# Liste von Rosensorten
Die Liste der Rosensorten gibt als Foto-Galerie im Stil einer Bildtafel einen Überblick über die Vielfalt der Rosensorten. Weitere, allgemeine Informationen zu Rosen, die Einteilung der Rosen in Gruppen oder Rosenklassen, die Züchtungsgrundlage der Rosensorten – Wildrosen – und so genannte Alte Rosen sind in den betreffenden Fachartikeln beschrieben.
Sortenbeschreibungen der einzelnen Rosensorten mit Angaben zu Wuchsform, Blütezeit, Herkunft und Zugehörigkeit zu Rosenklassen sind – soweit vorhanden – bei den einzelnen Bildern hinterlegt.

## A

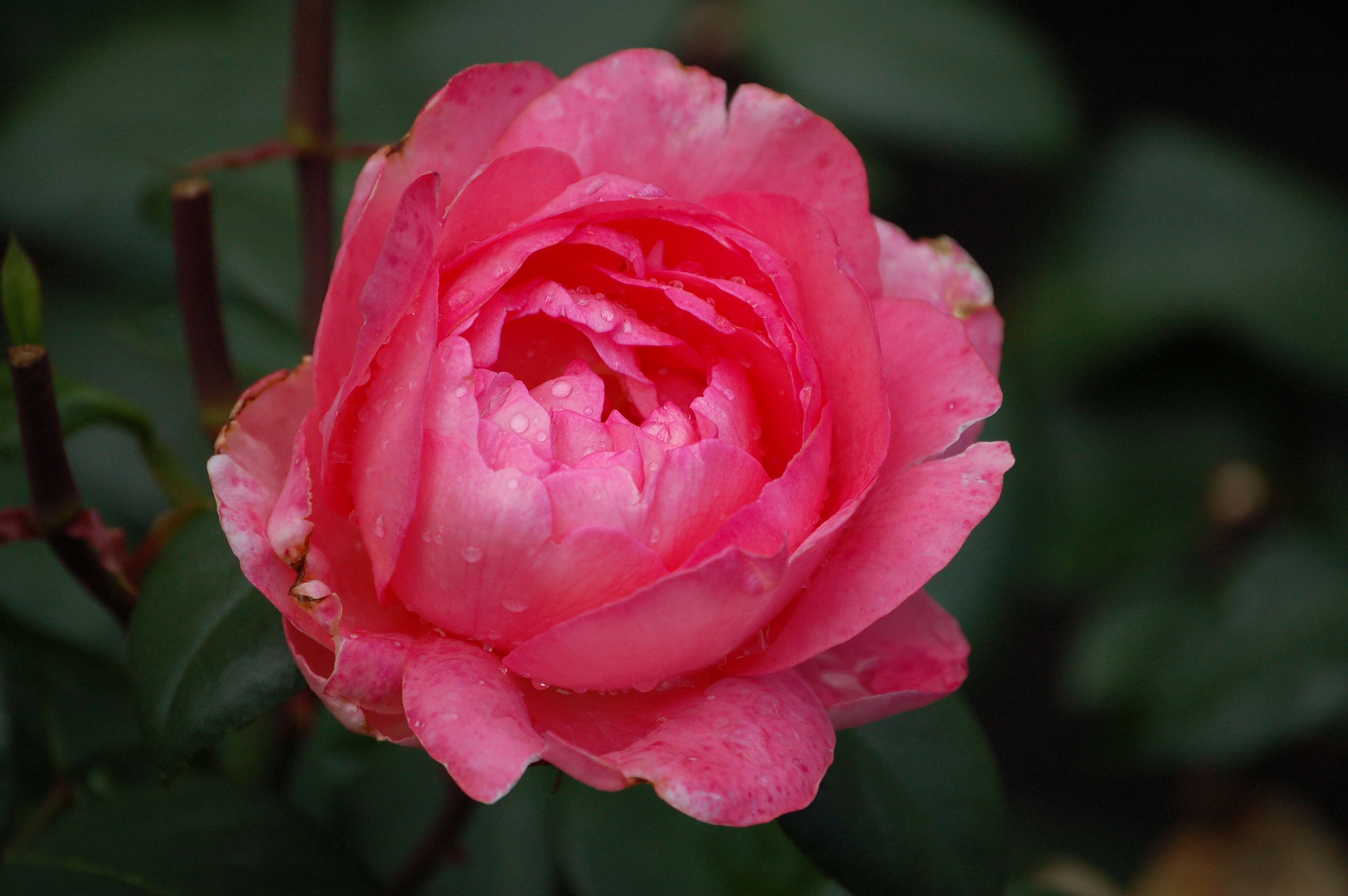
‘Aachener Dom’, Meilland/Strobel, 1982
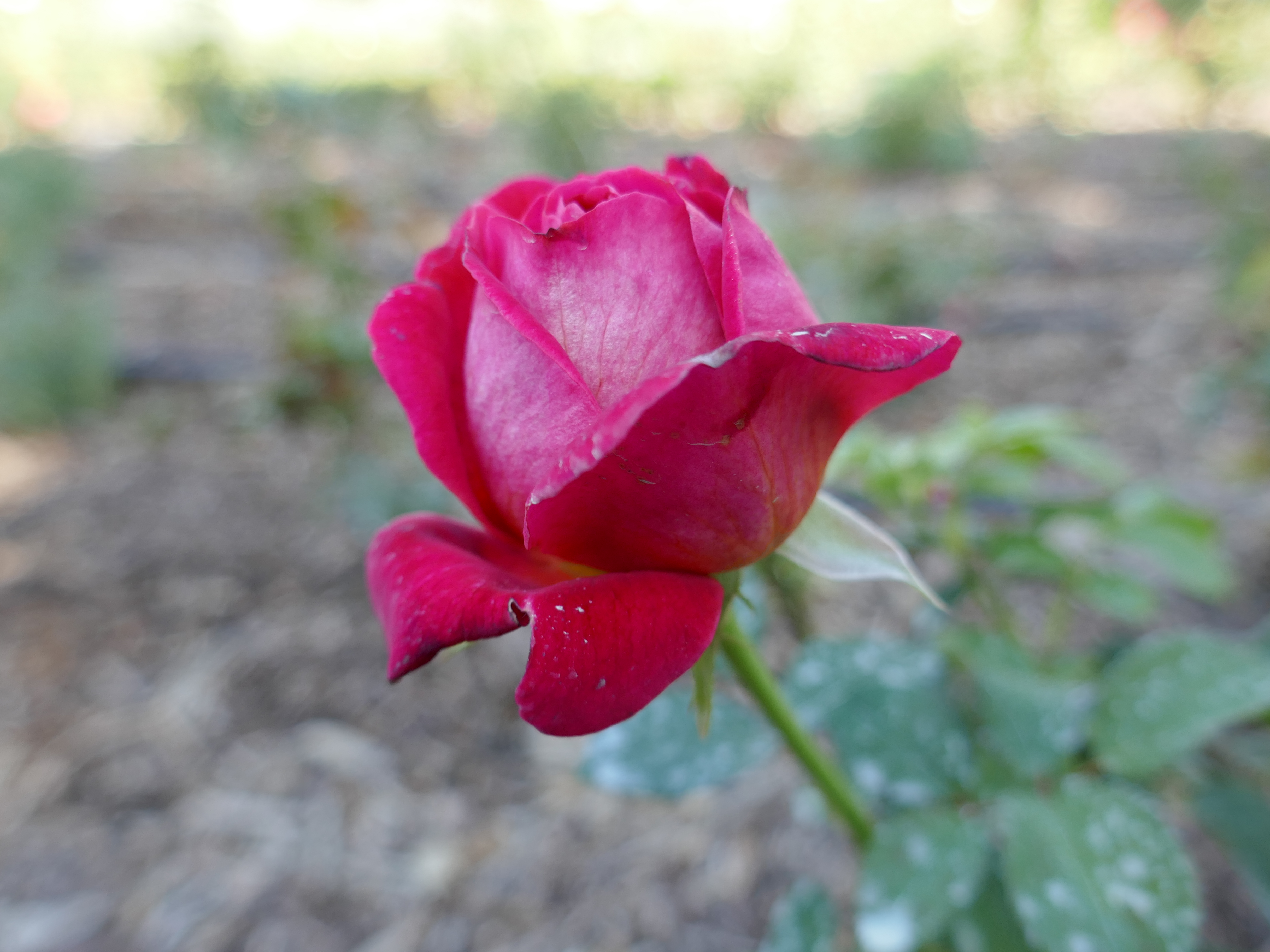
‘Abbaye de Fontfroide’, Guillot, 2013
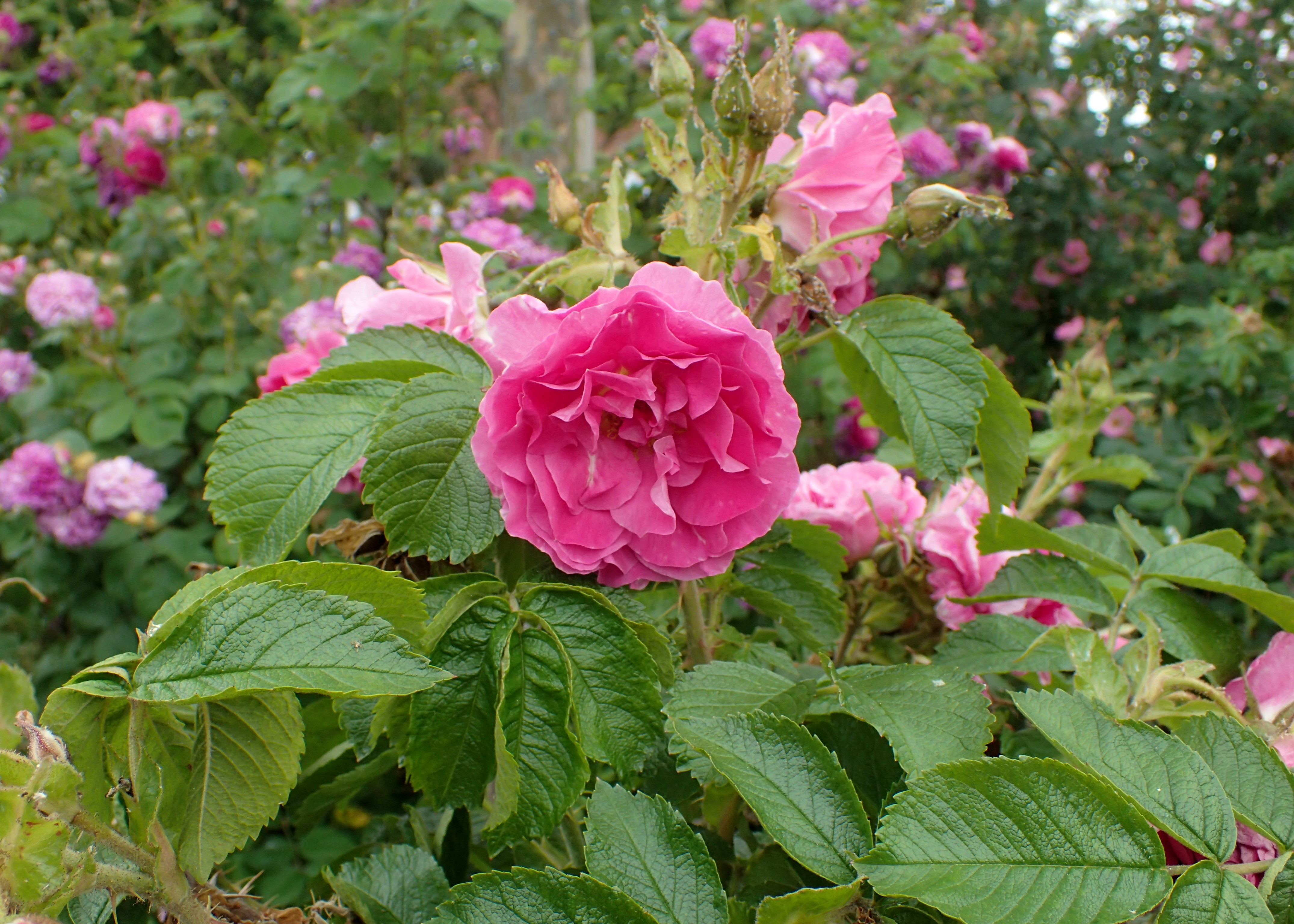
‘Abelzieds’, Rieksta, 1968
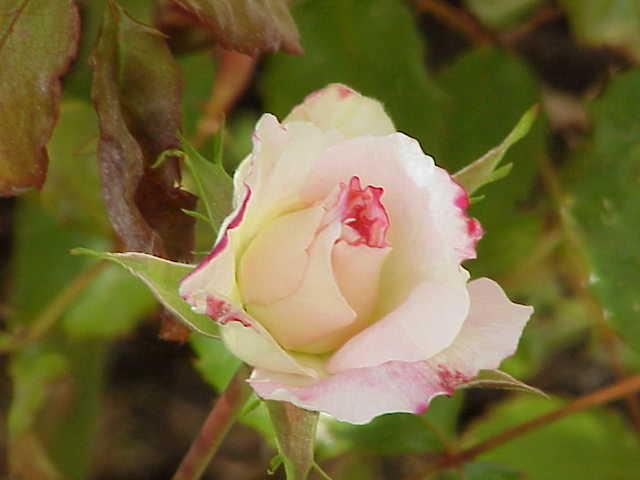
‘Abigaile’, Tantau, 1988
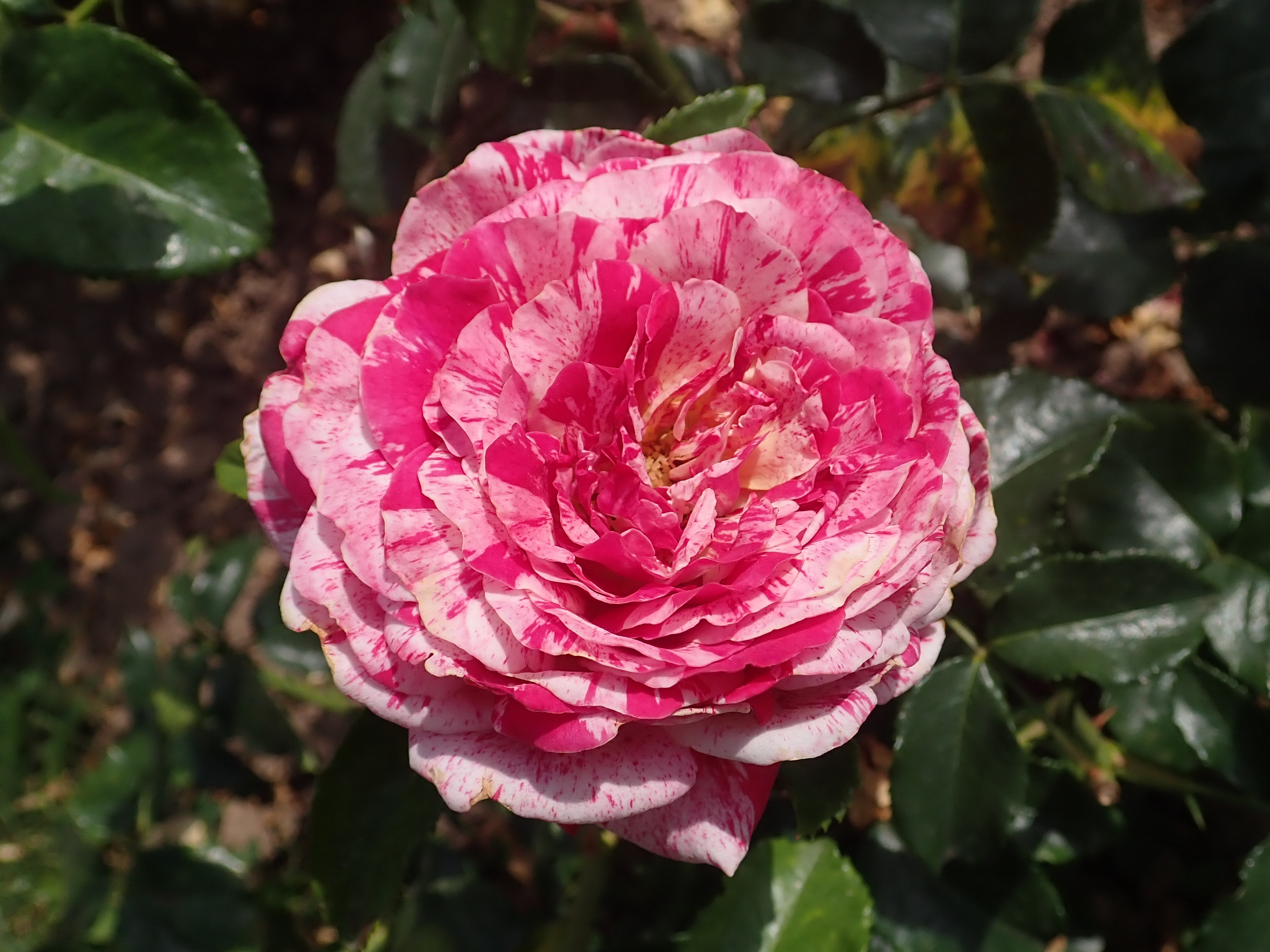
‘Abracadabra’, Kordes, 2014
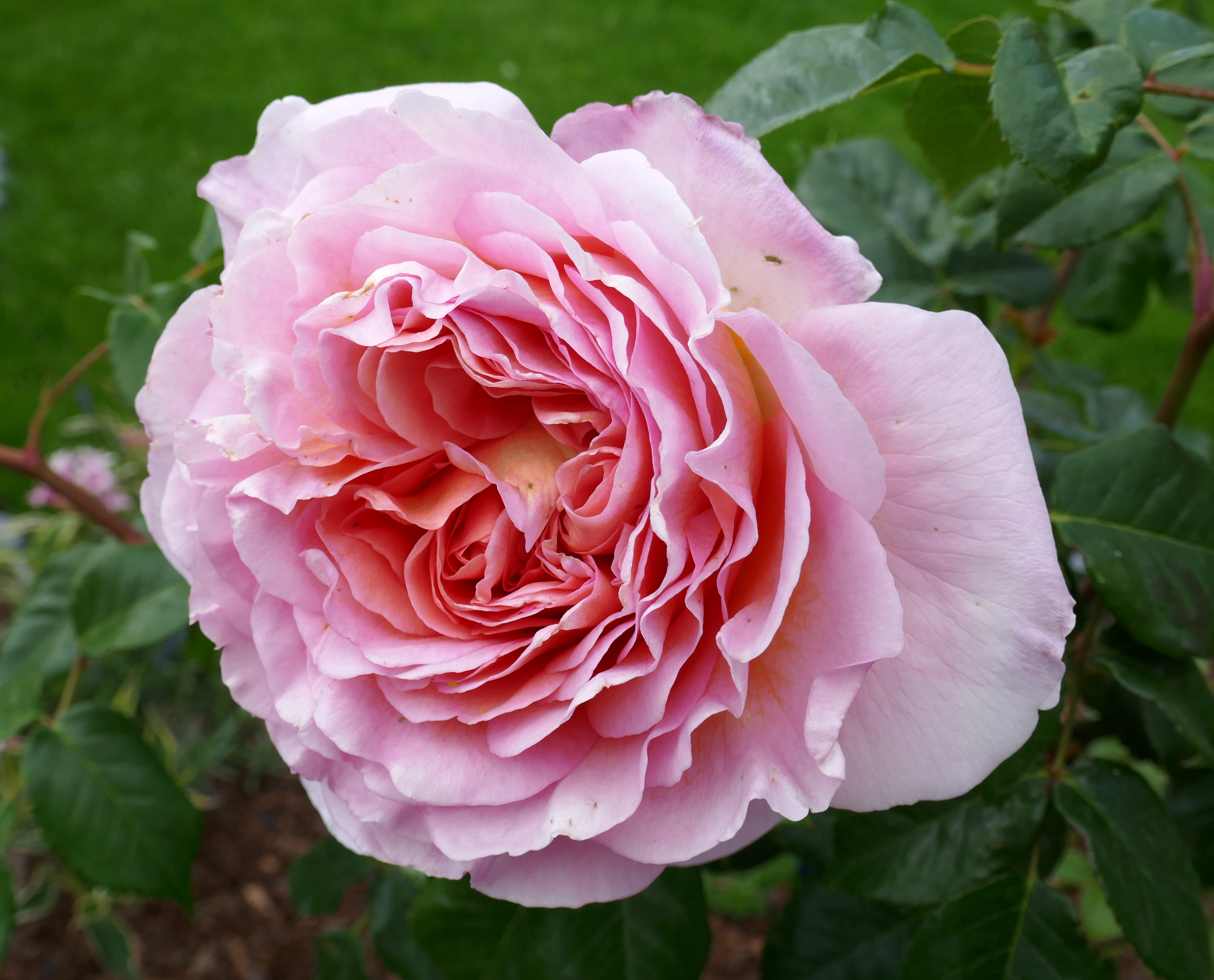
‘Abraham Darby’, Austin, 1985
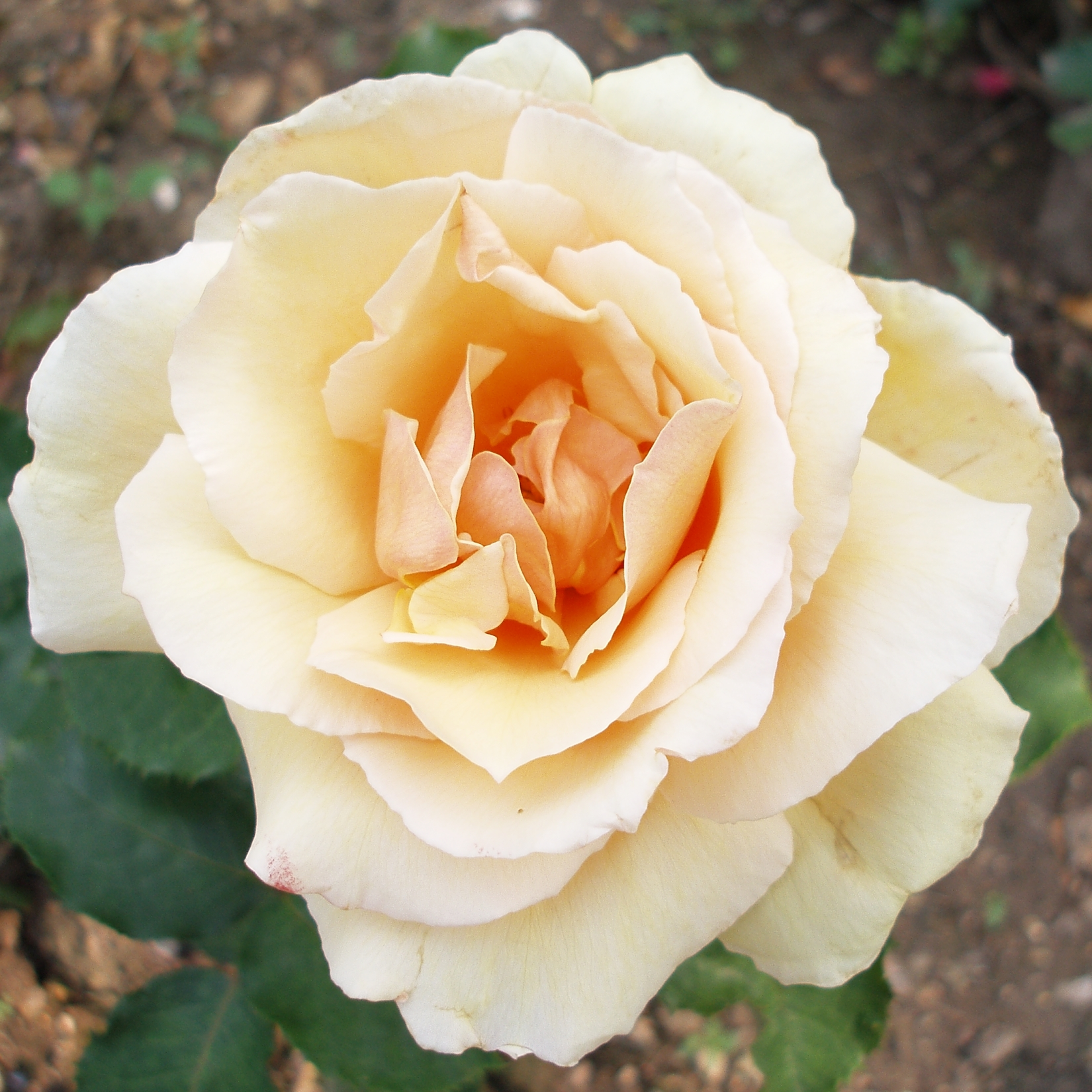
‘A Caen la Paix’, Joseph Orard, 1993
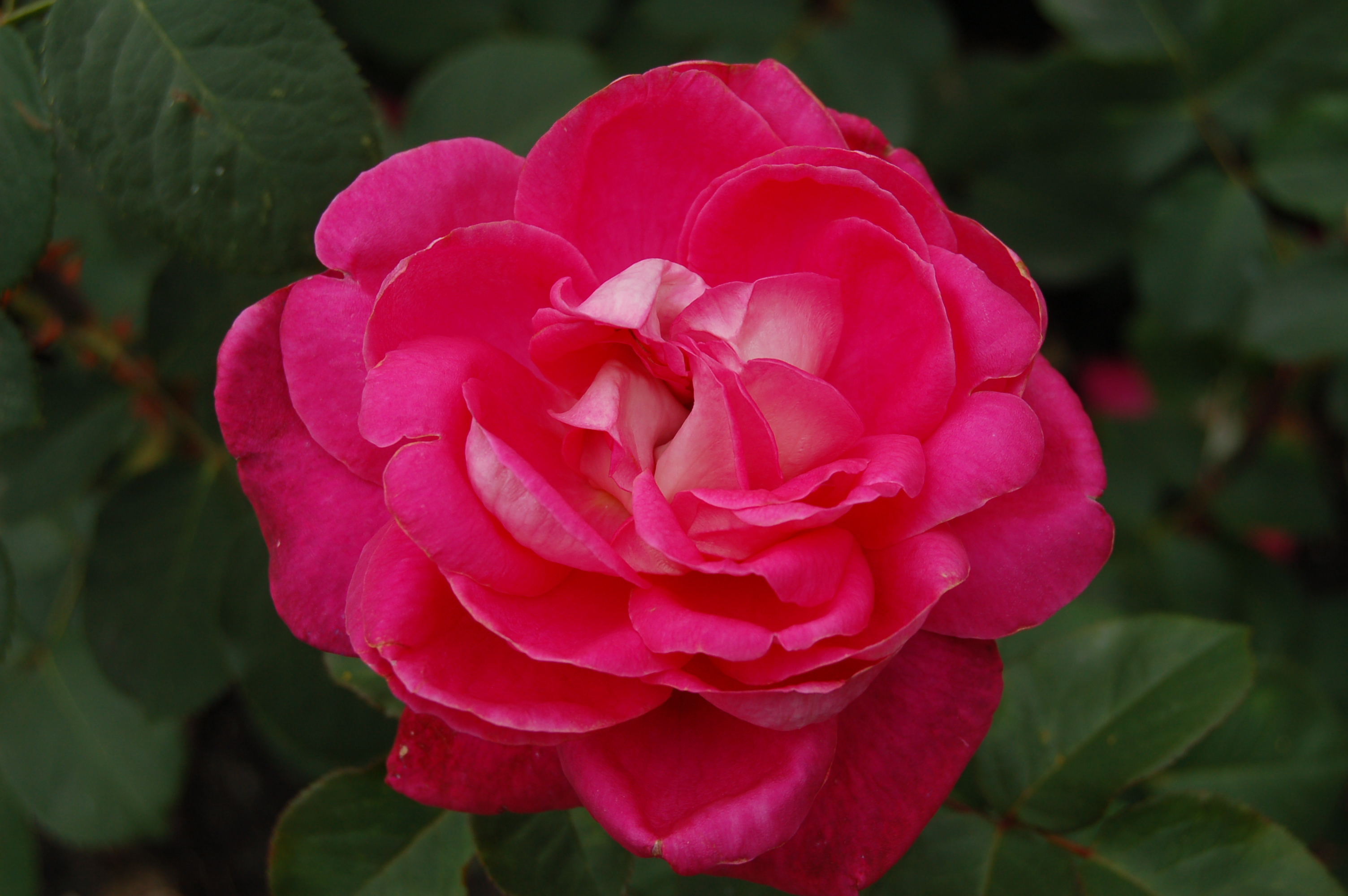
‘Acapella’, Tantau, 1995
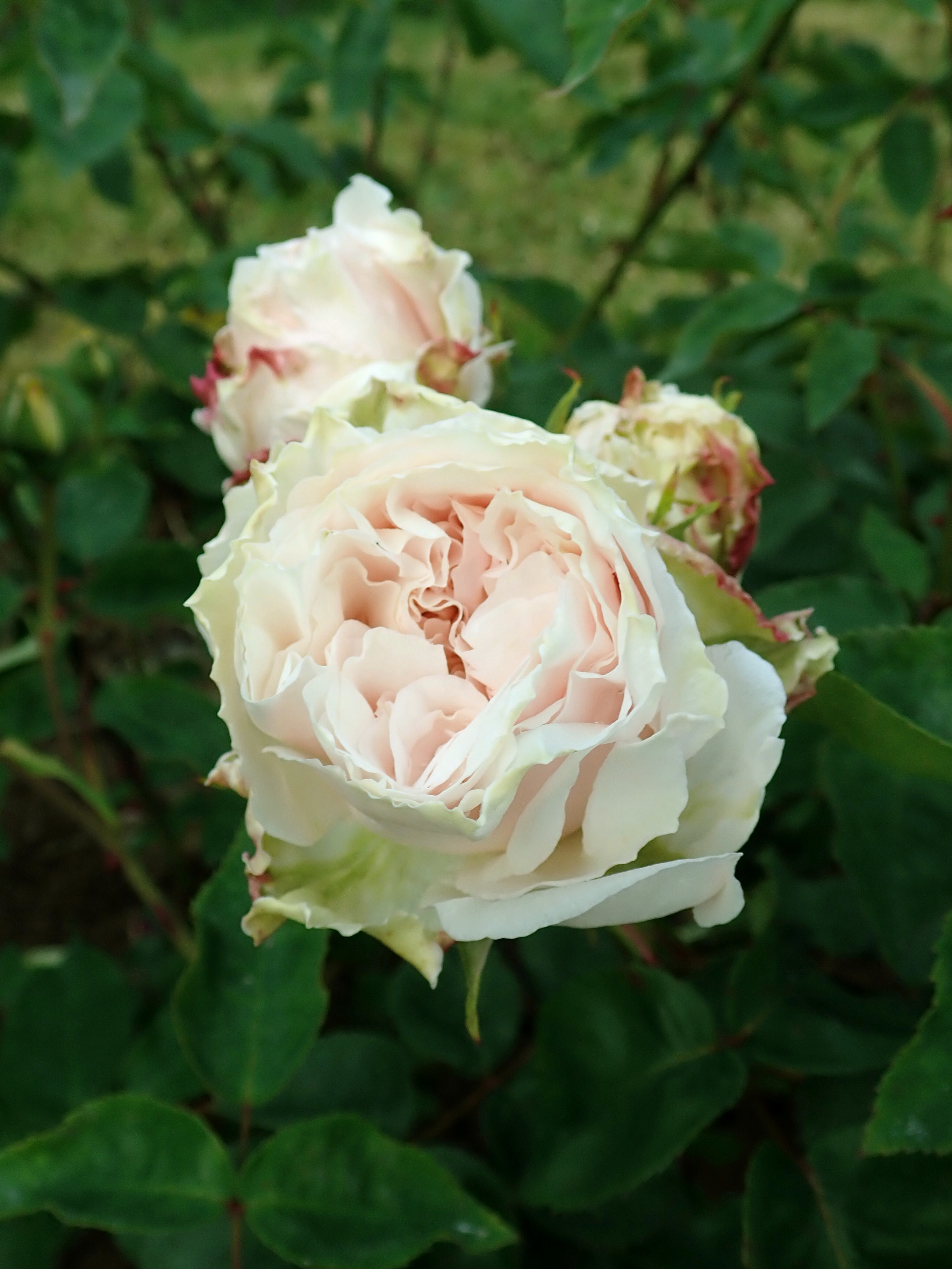
‘Acidalie’, Rousseau, vor 1837
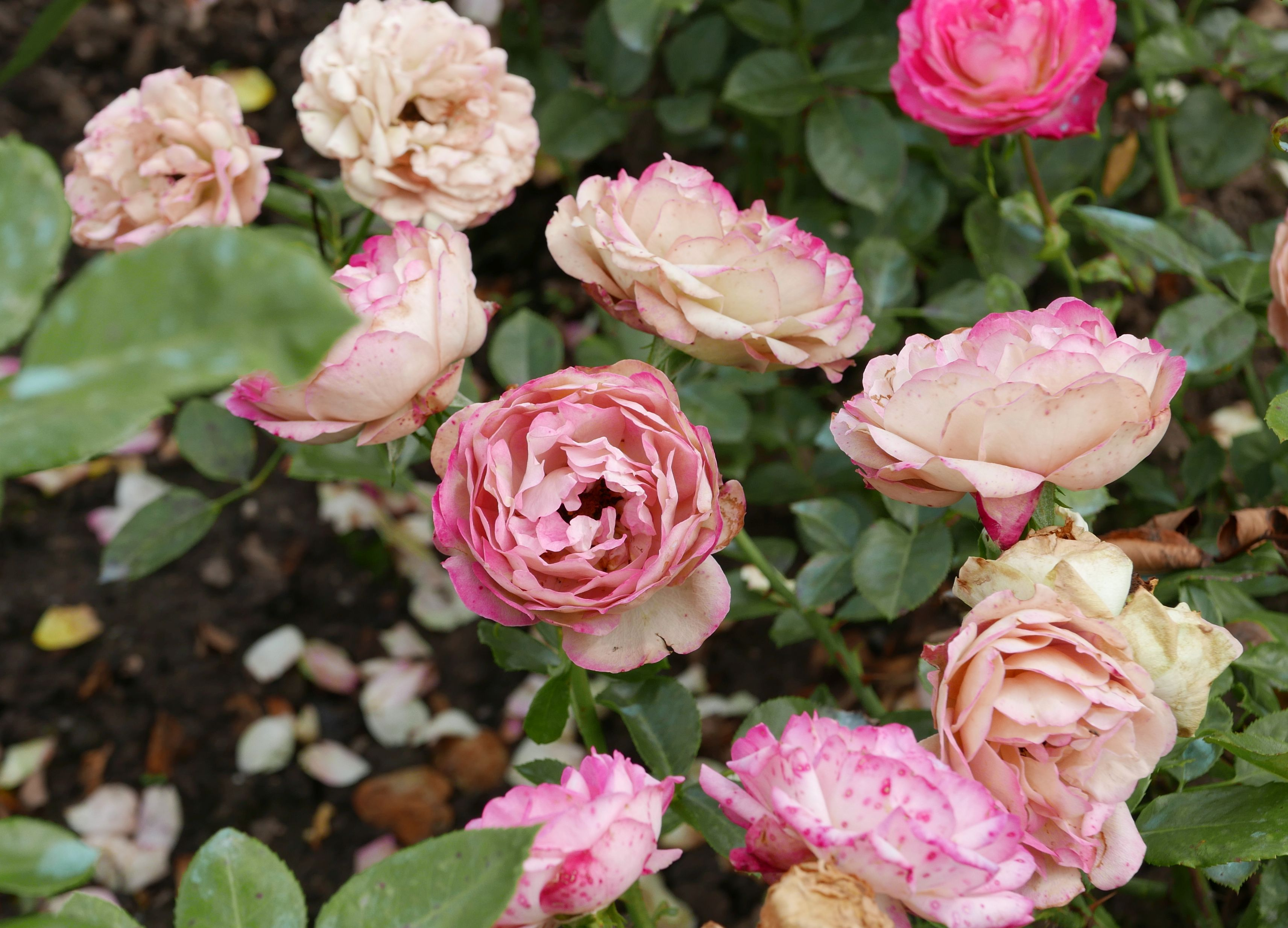
‘Acropolis’, Meilland, 2001
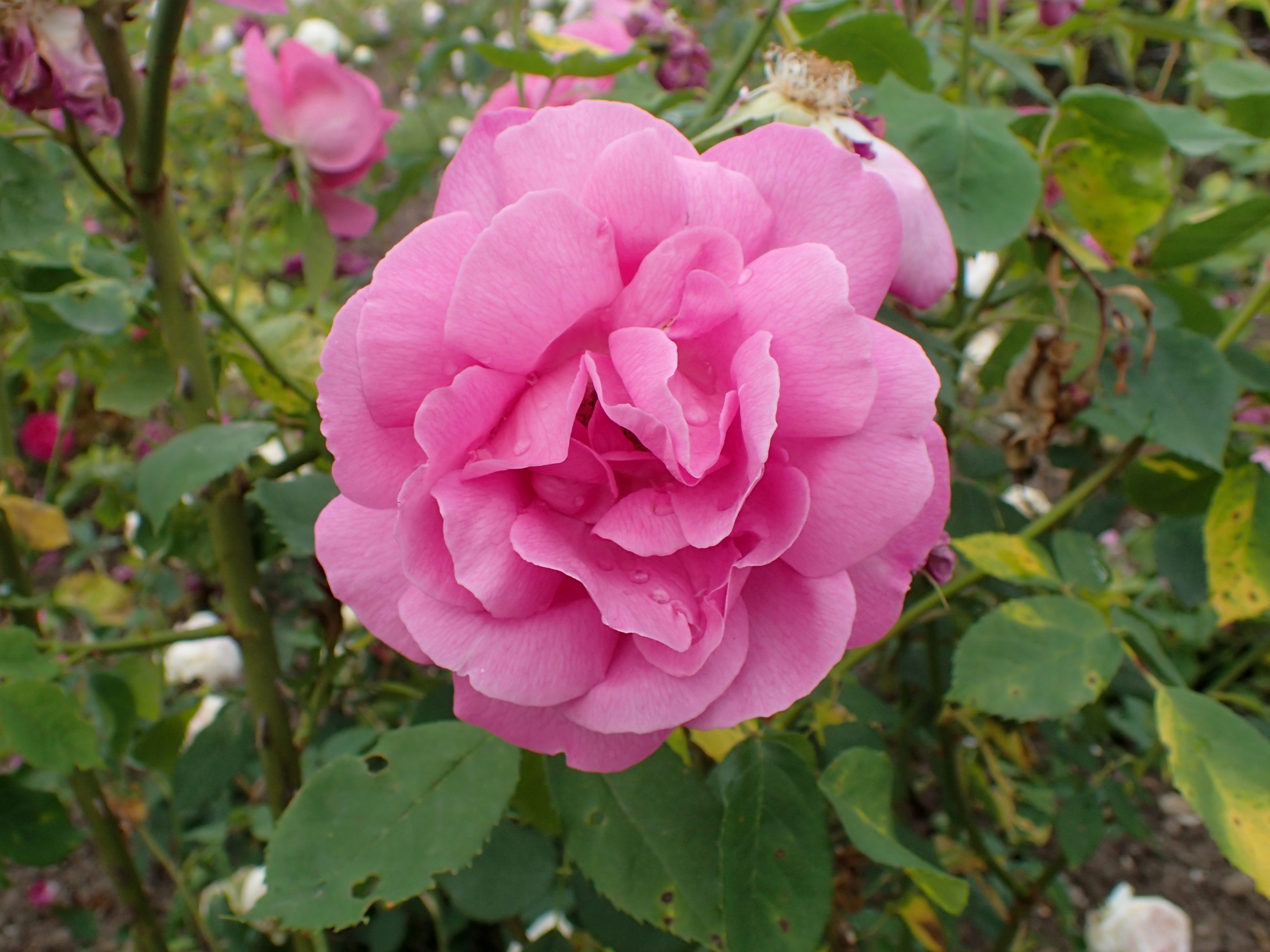
‘Adam Messerich’, Lambert, 1920
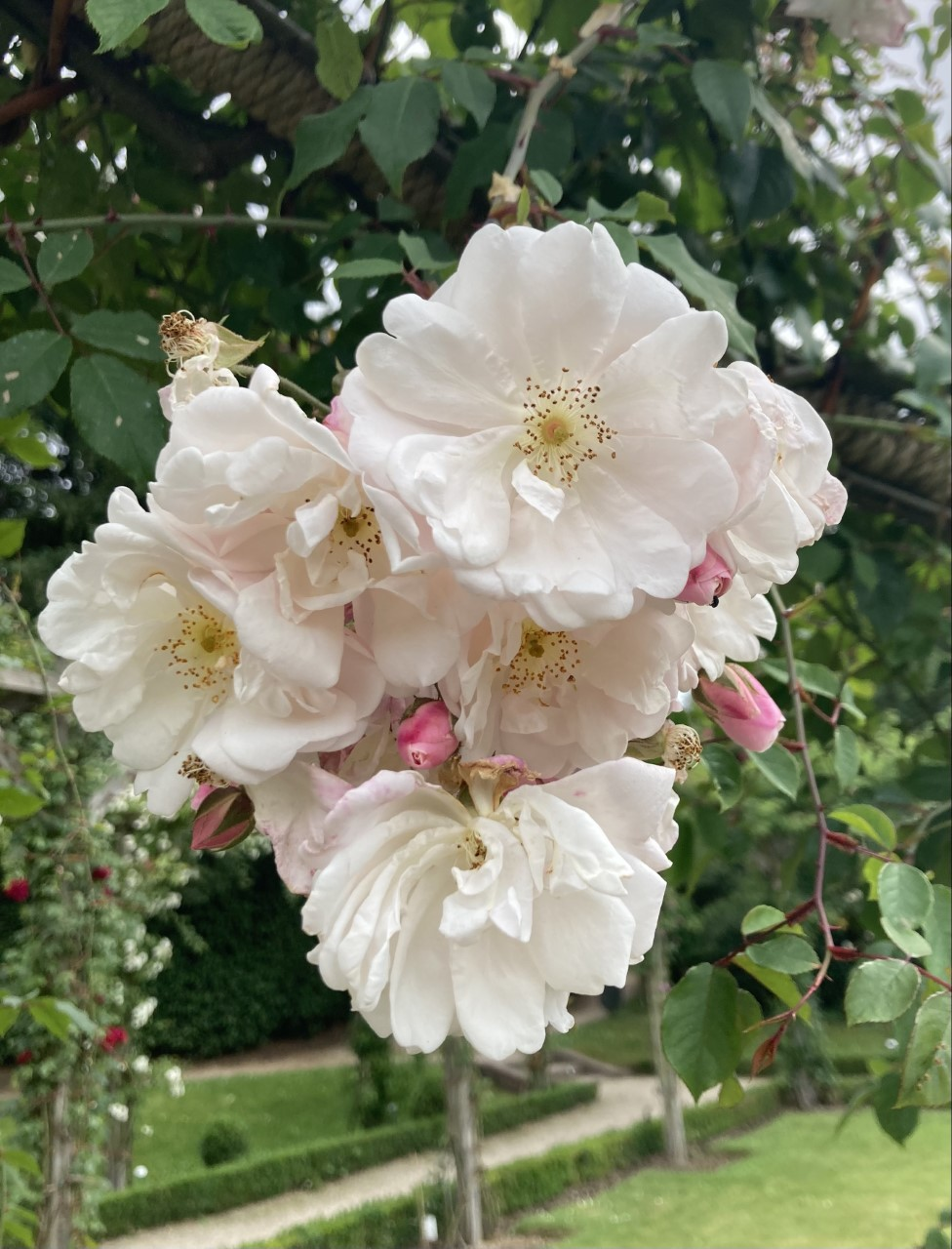
‘Adélaïde d’Orléans’, Antoine Jacques, 1825
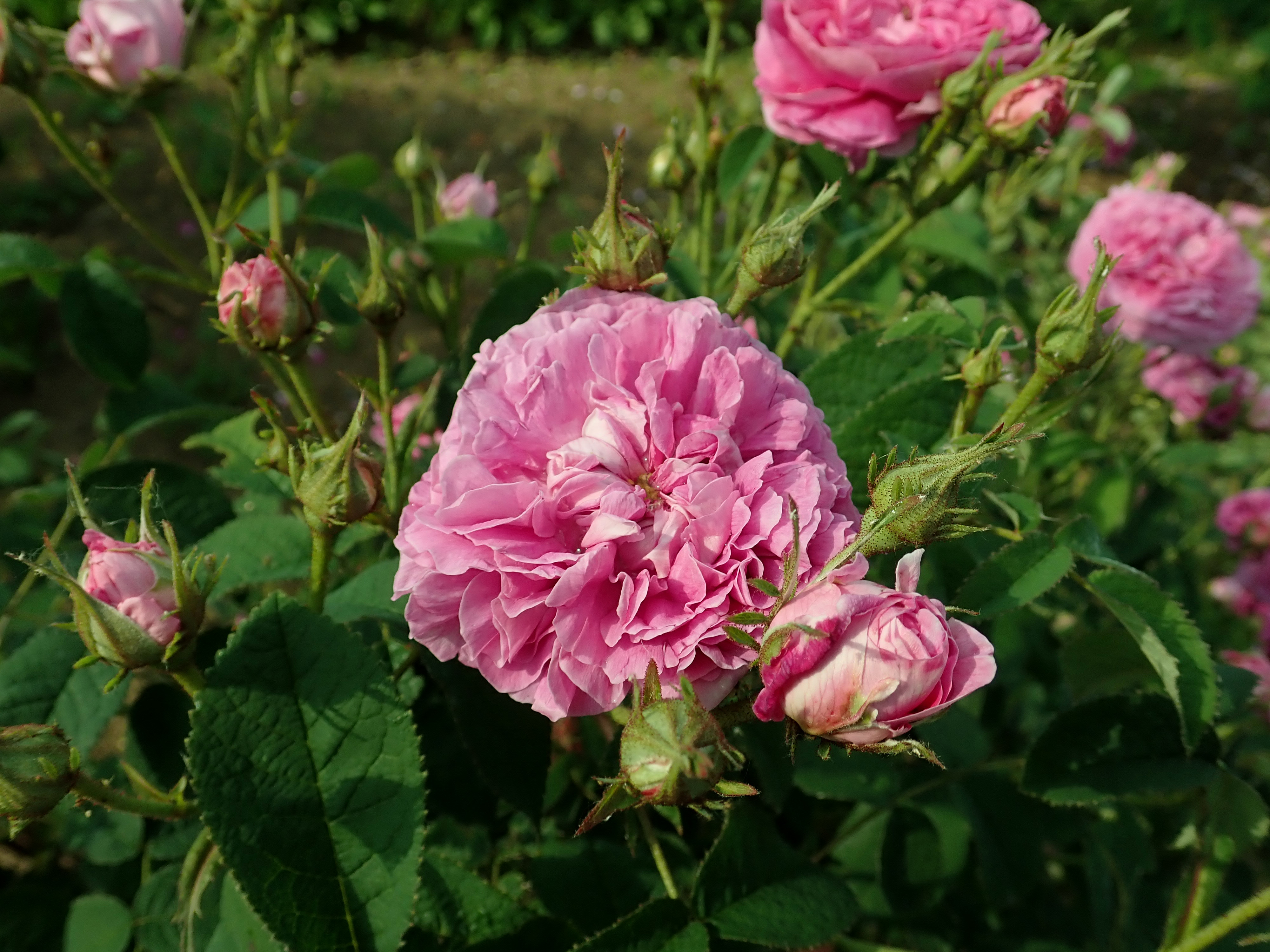
‘Adèle’, Jacques-Louis Descemet, vor 1814
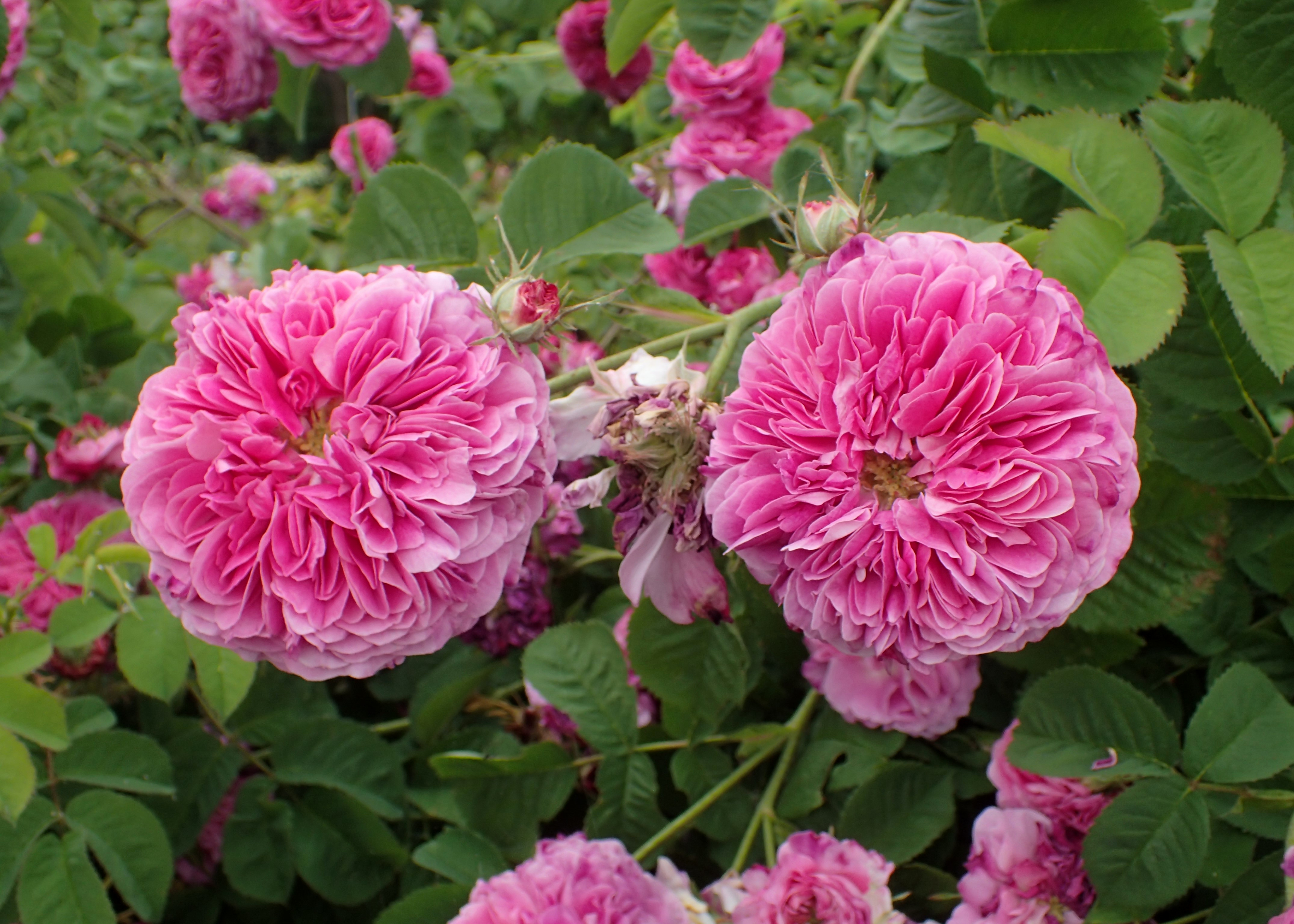
‘Adèle Courtois’, vor 1842
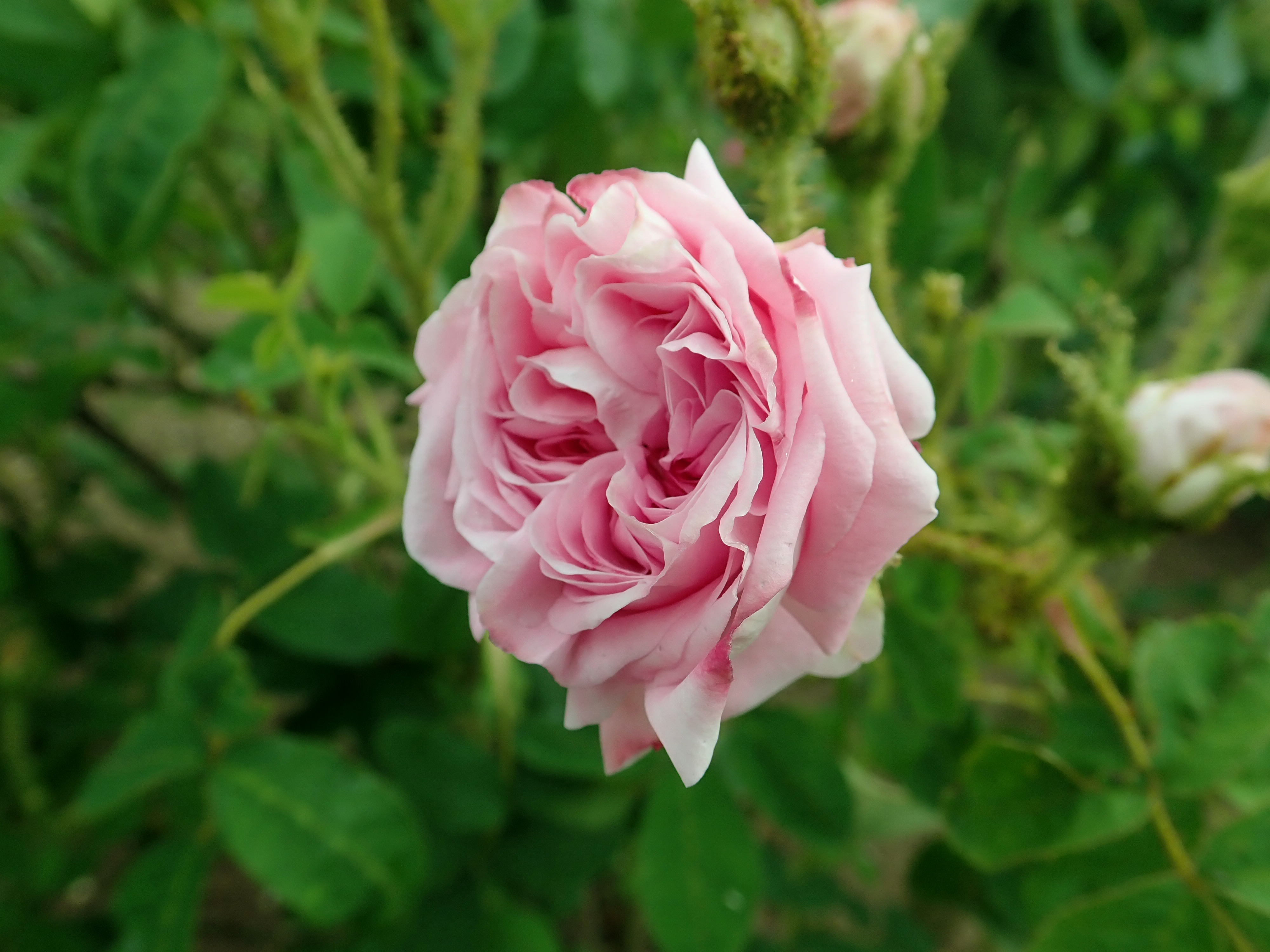
‘Adèle Pavie’, Jean-Pierre Vibert, 1850
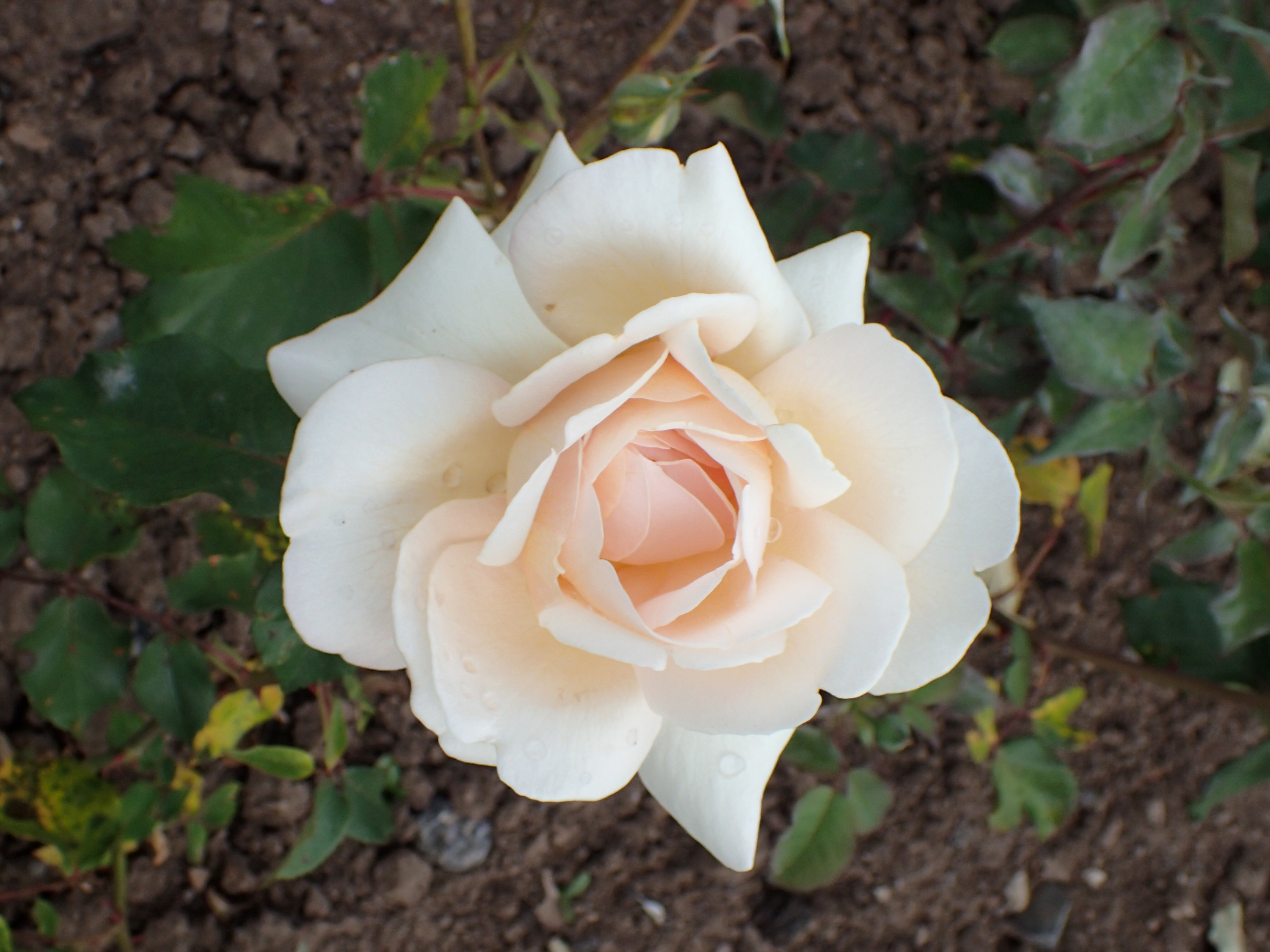
‘Admiration’, McGredy, 1922
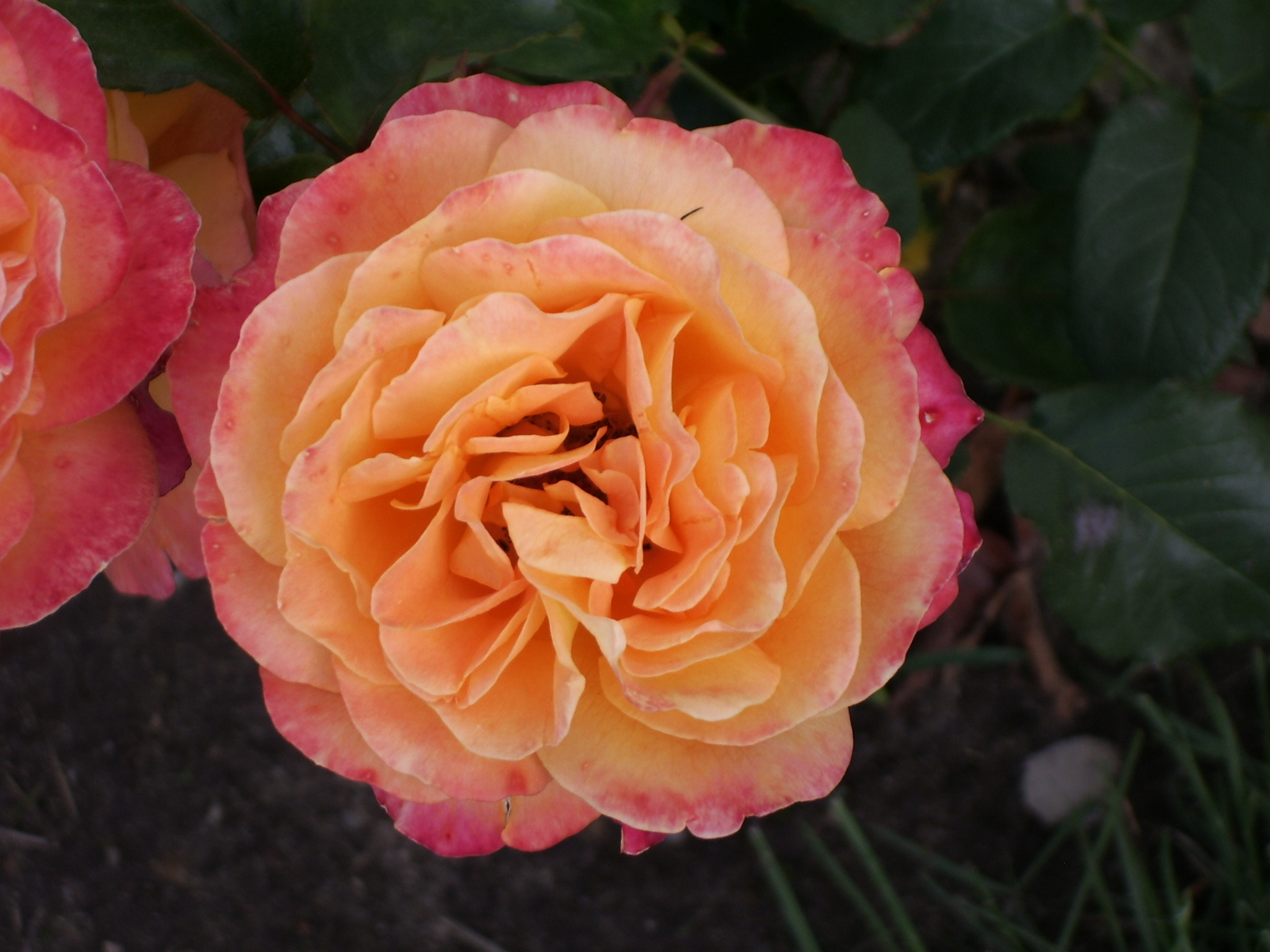
‘Adolf Horstmann’, Kordes, 1971
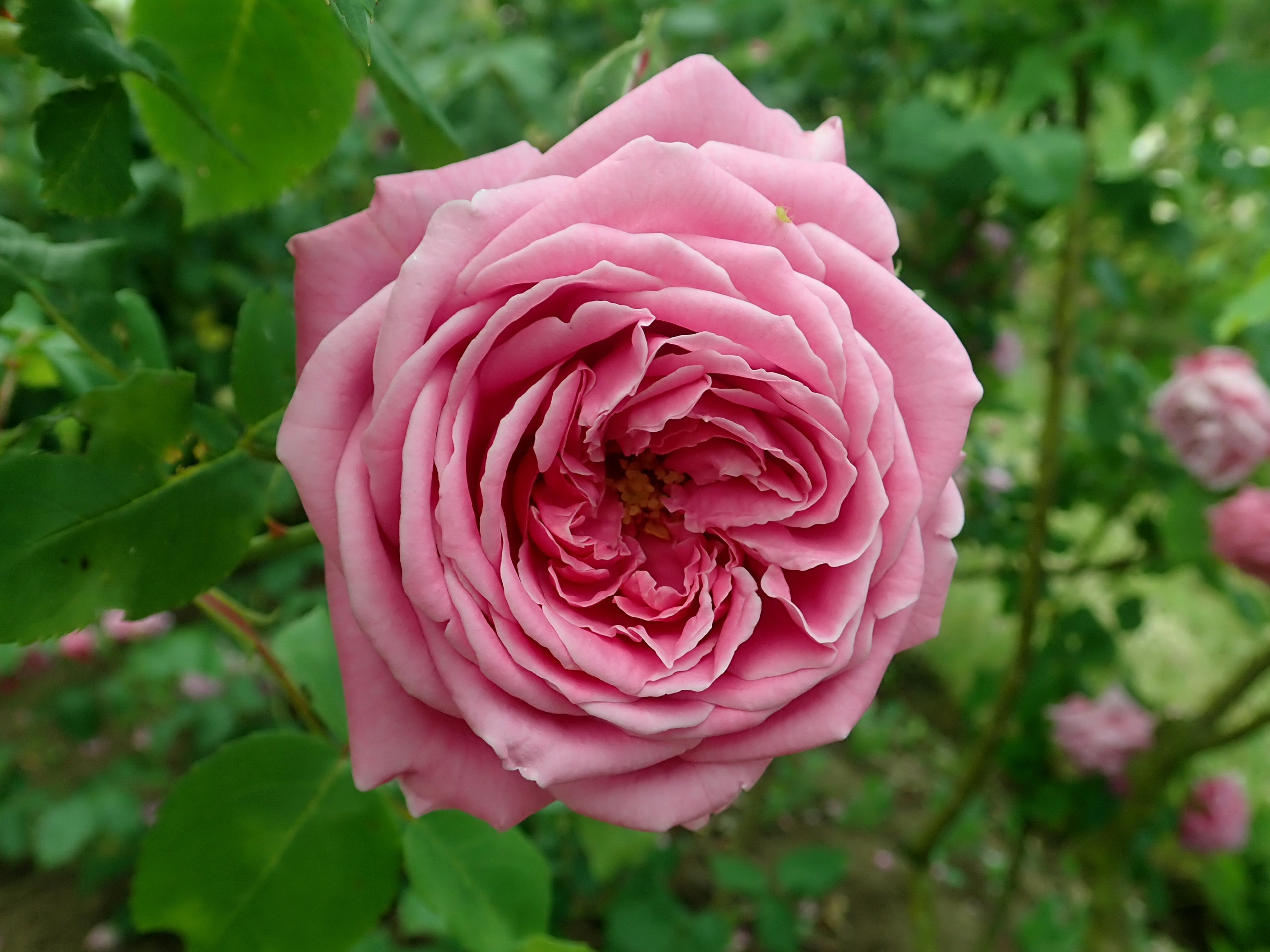
‘Adrienne de Cardoville’, Guillot père, 1864
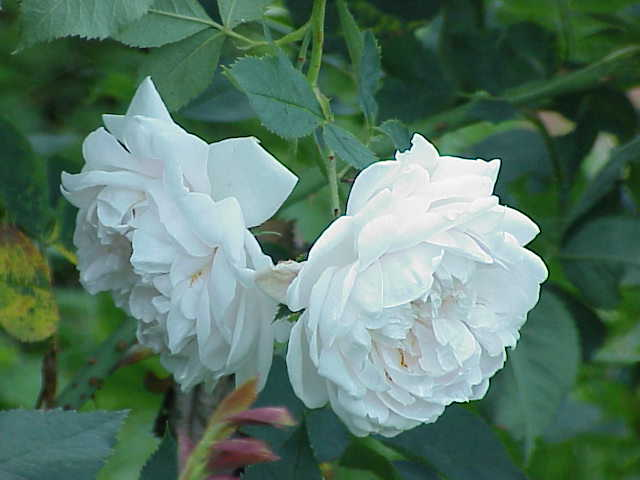
‘Aennchen von Tharau’, Geschwind, 1886
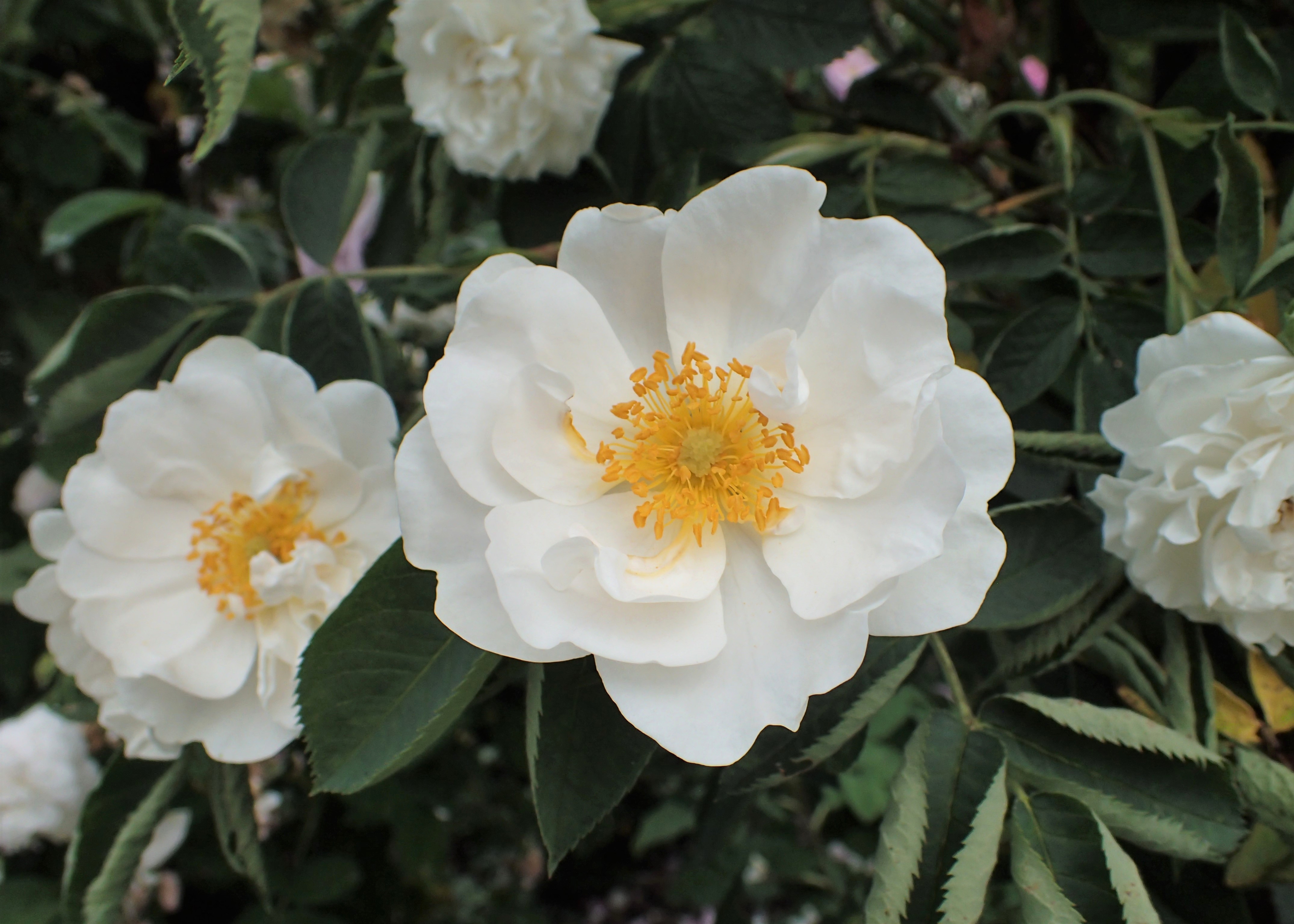
‘À Feuilles de Chanvre’, Flobert, 1807
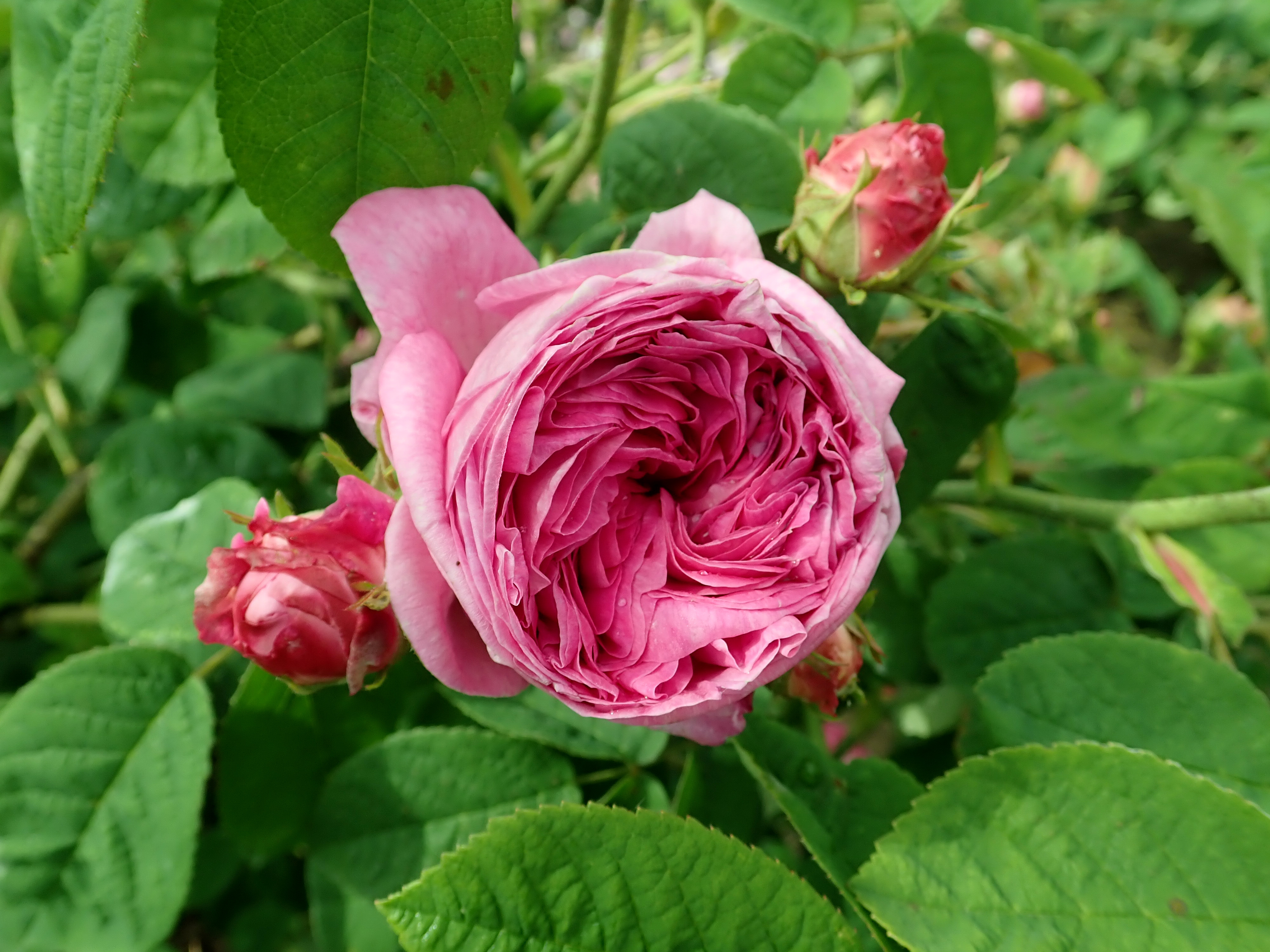
‘Agar’, Laffay/Vibert, 1836
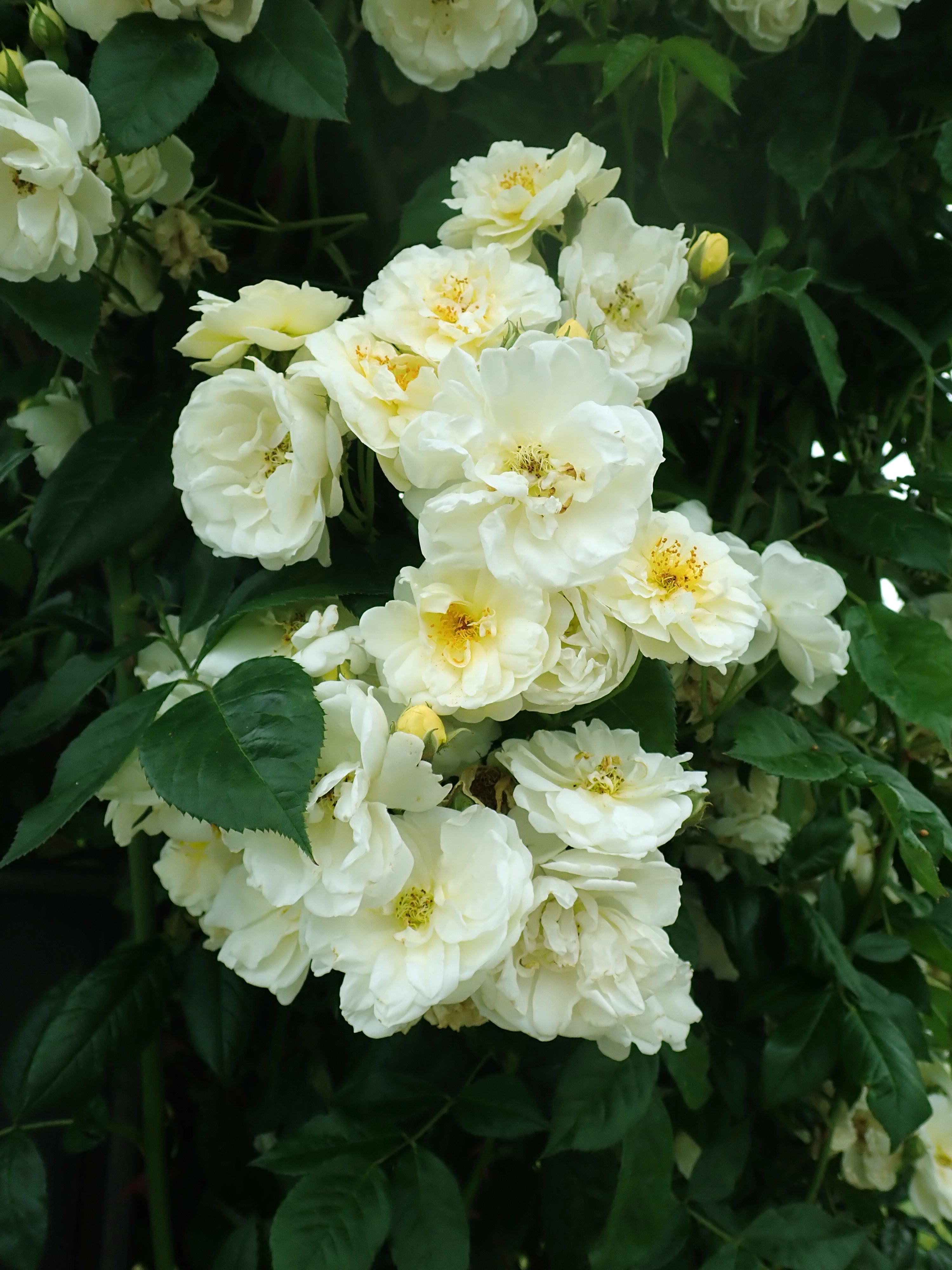
‘Aglaia’, Schmitt, 1896
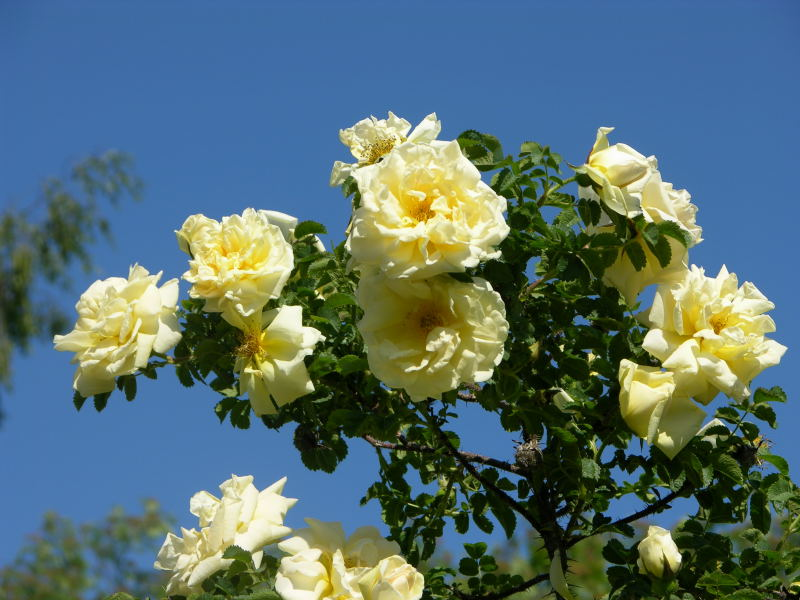
‘Agnes’, Dr. Saunders, 1922
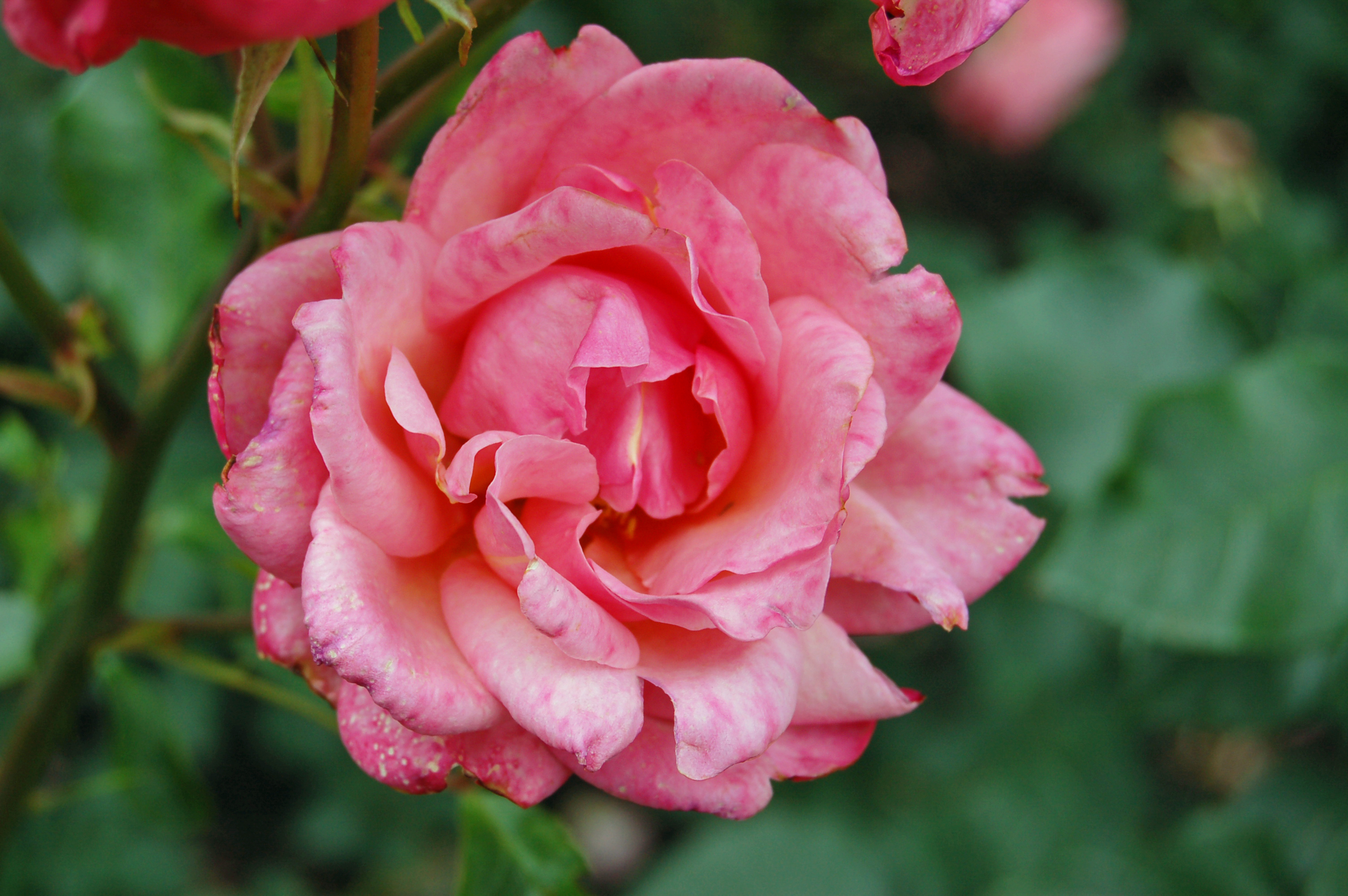
‘Agnes Bernauer’, Kordes, 1989
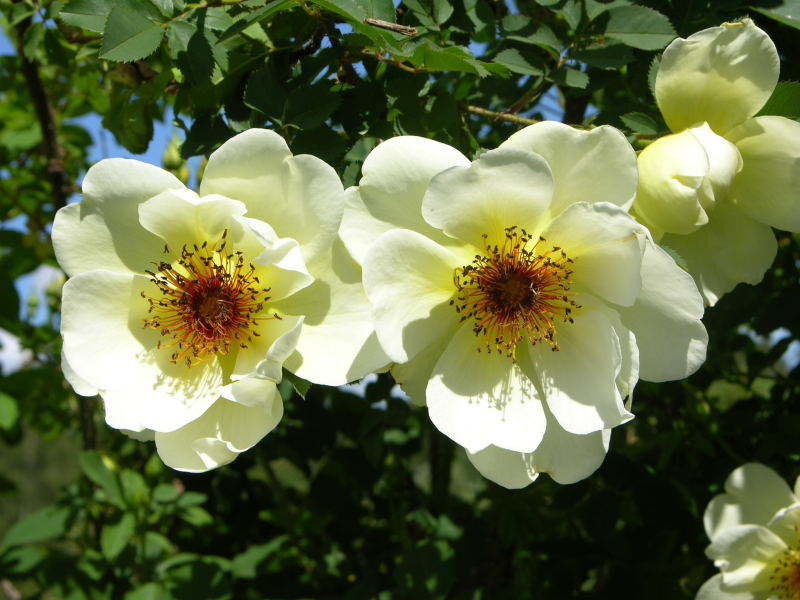
‘Aicha’, Petersen, 1966
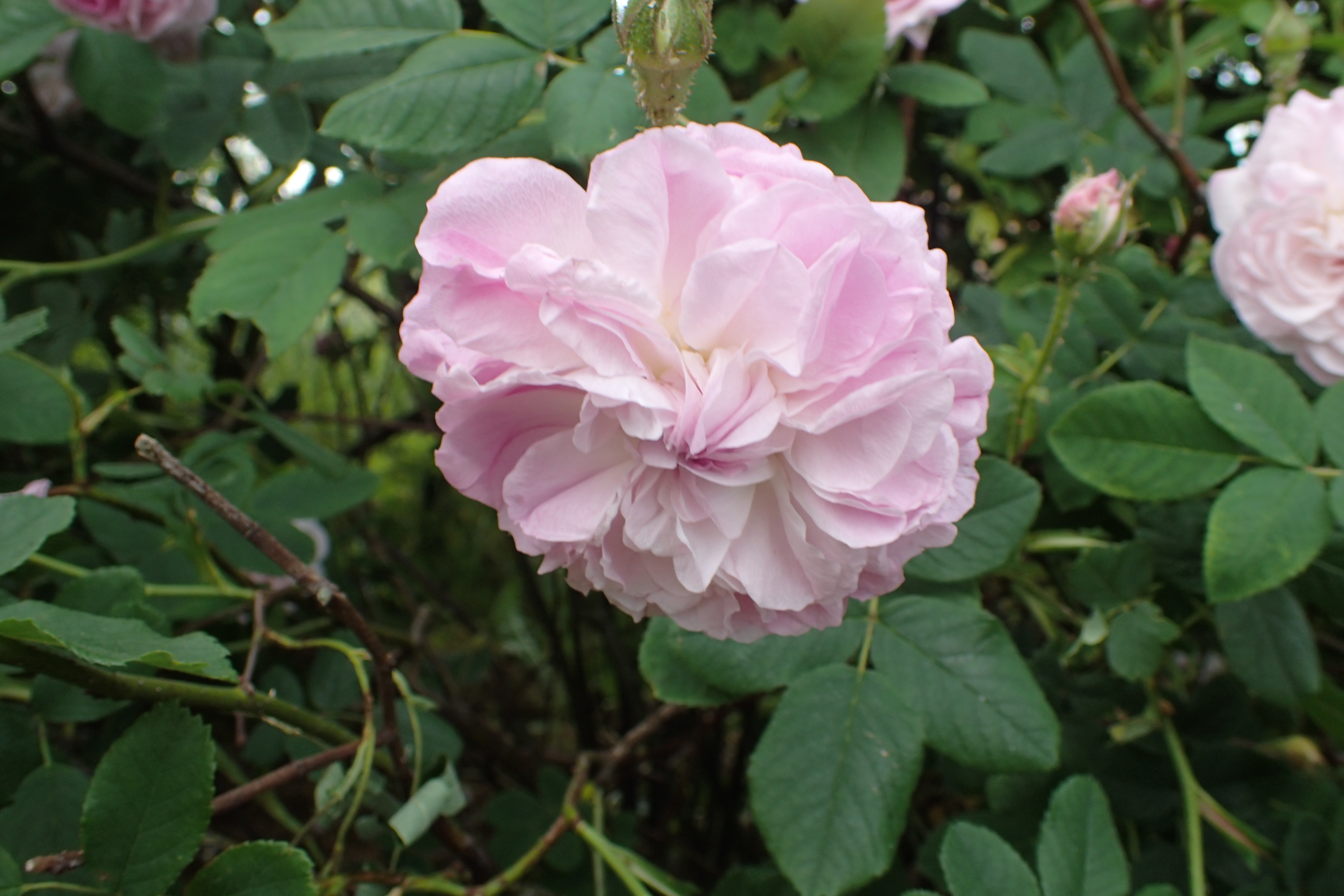
‘Aimable Rouge’, Vibert, 1819
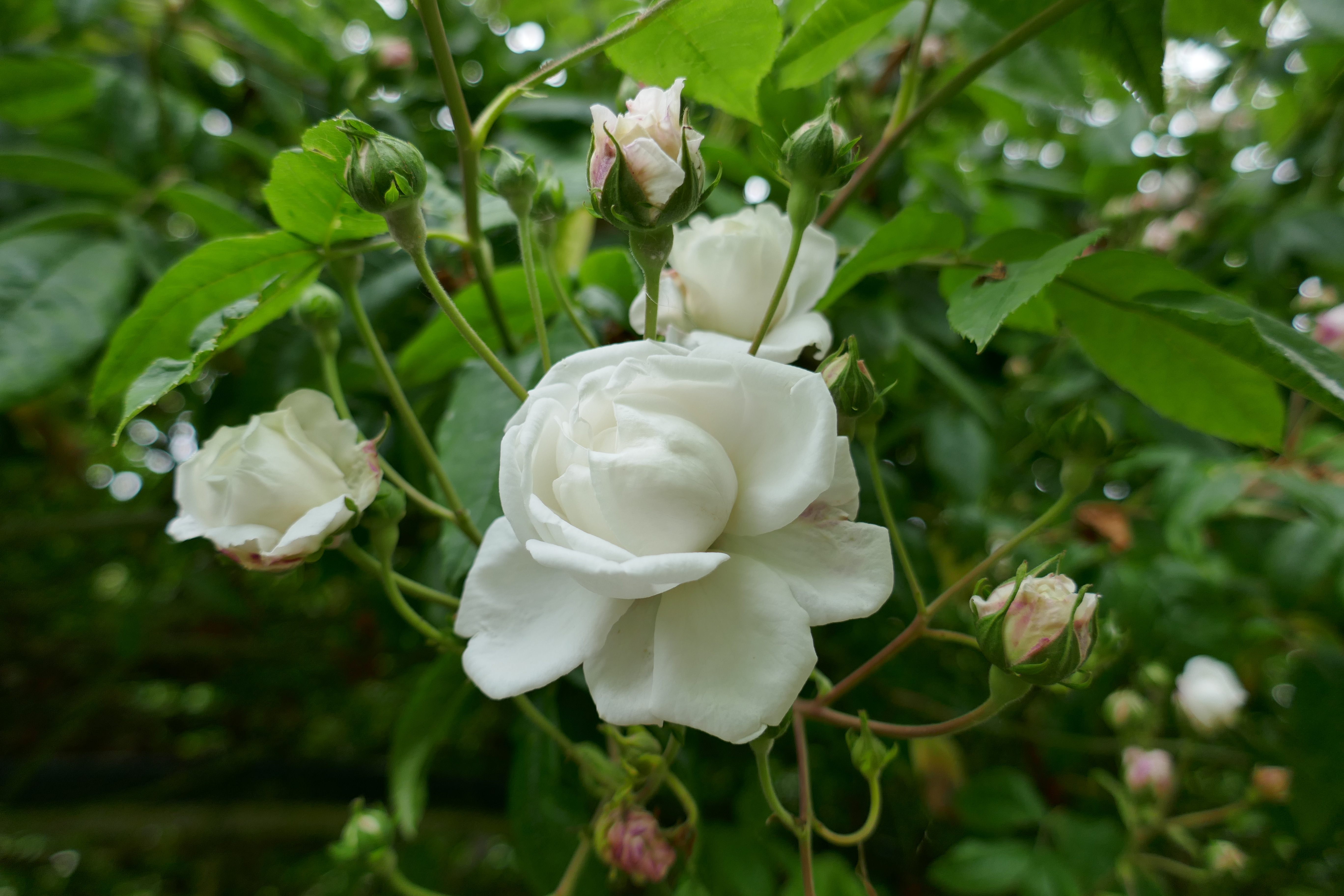
‘Aimée Vibert’, Vibert, 1828
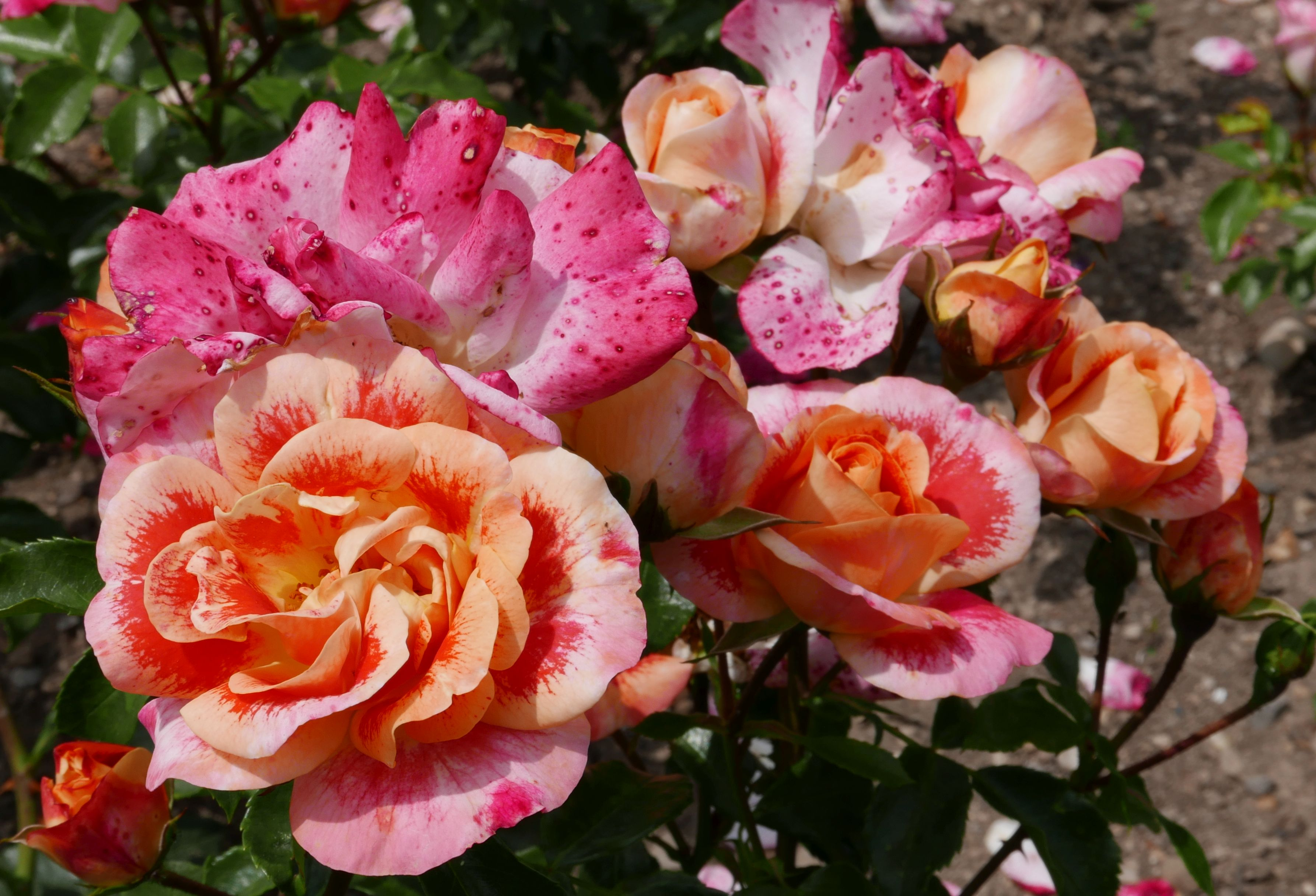
‘Airbrush’, Kordes, 2013
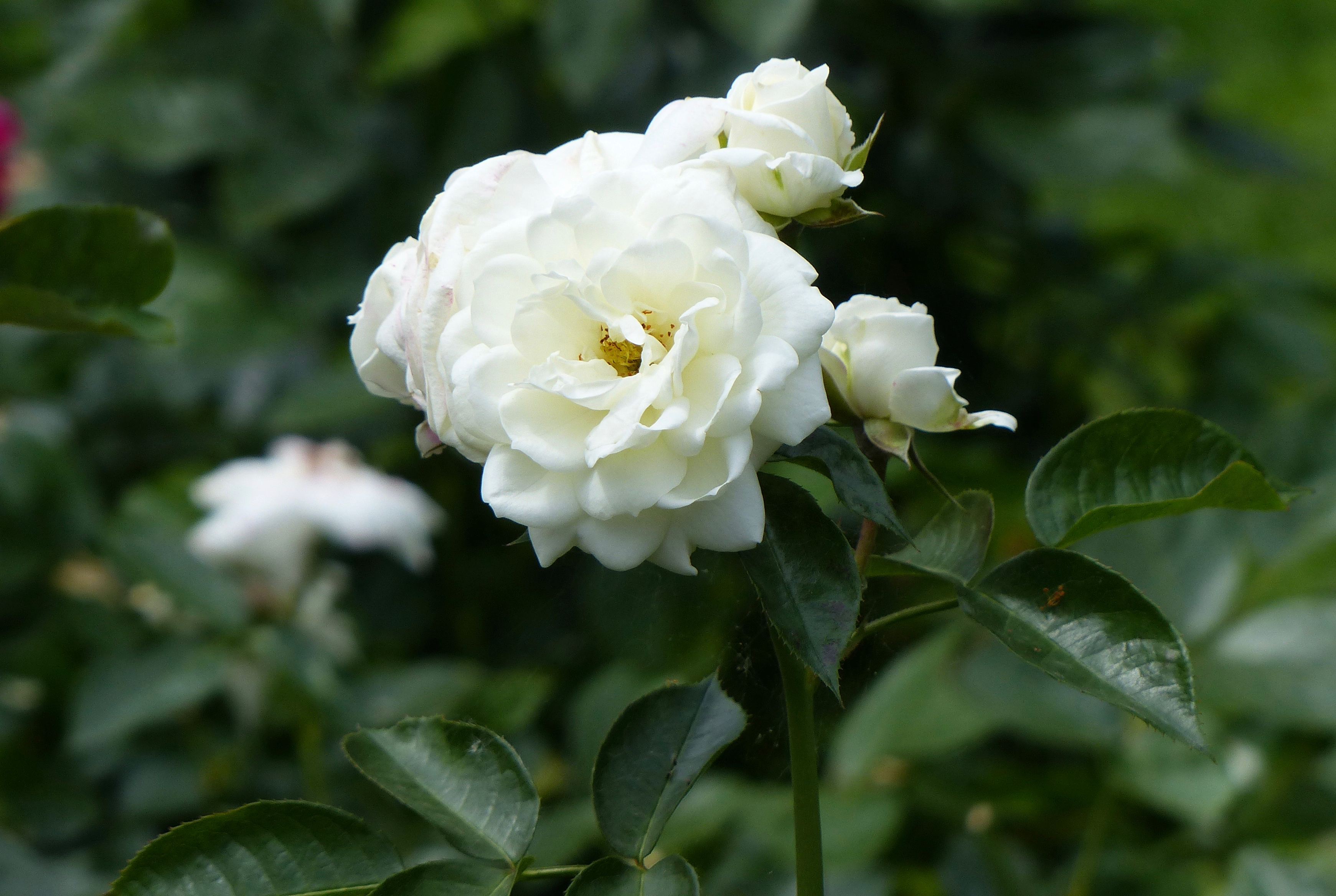
‘Alabaster’, Tantau, 2007
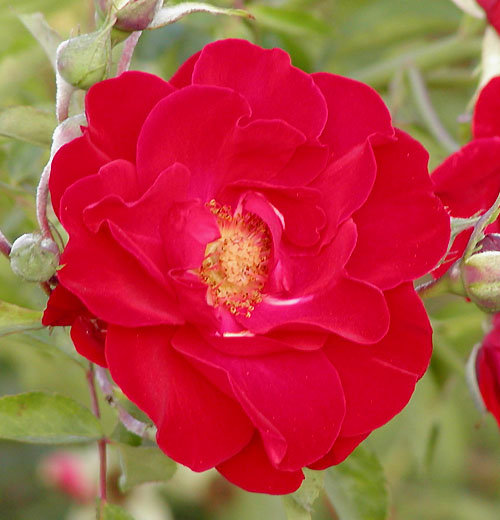
‘Alain’, Meilland, 1948
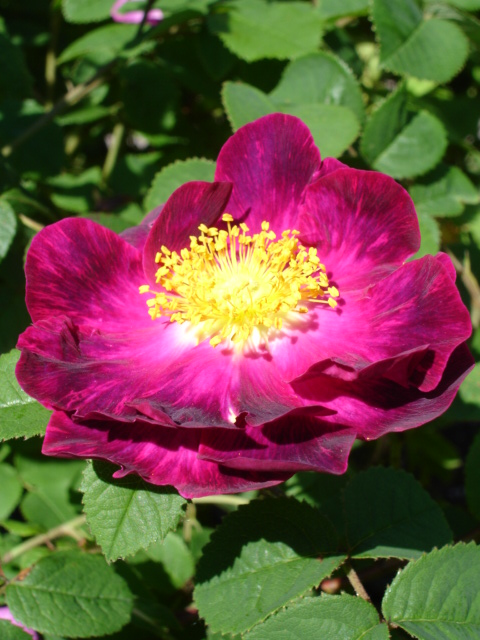
‘Alain Blanchard’, Vibert, 1839
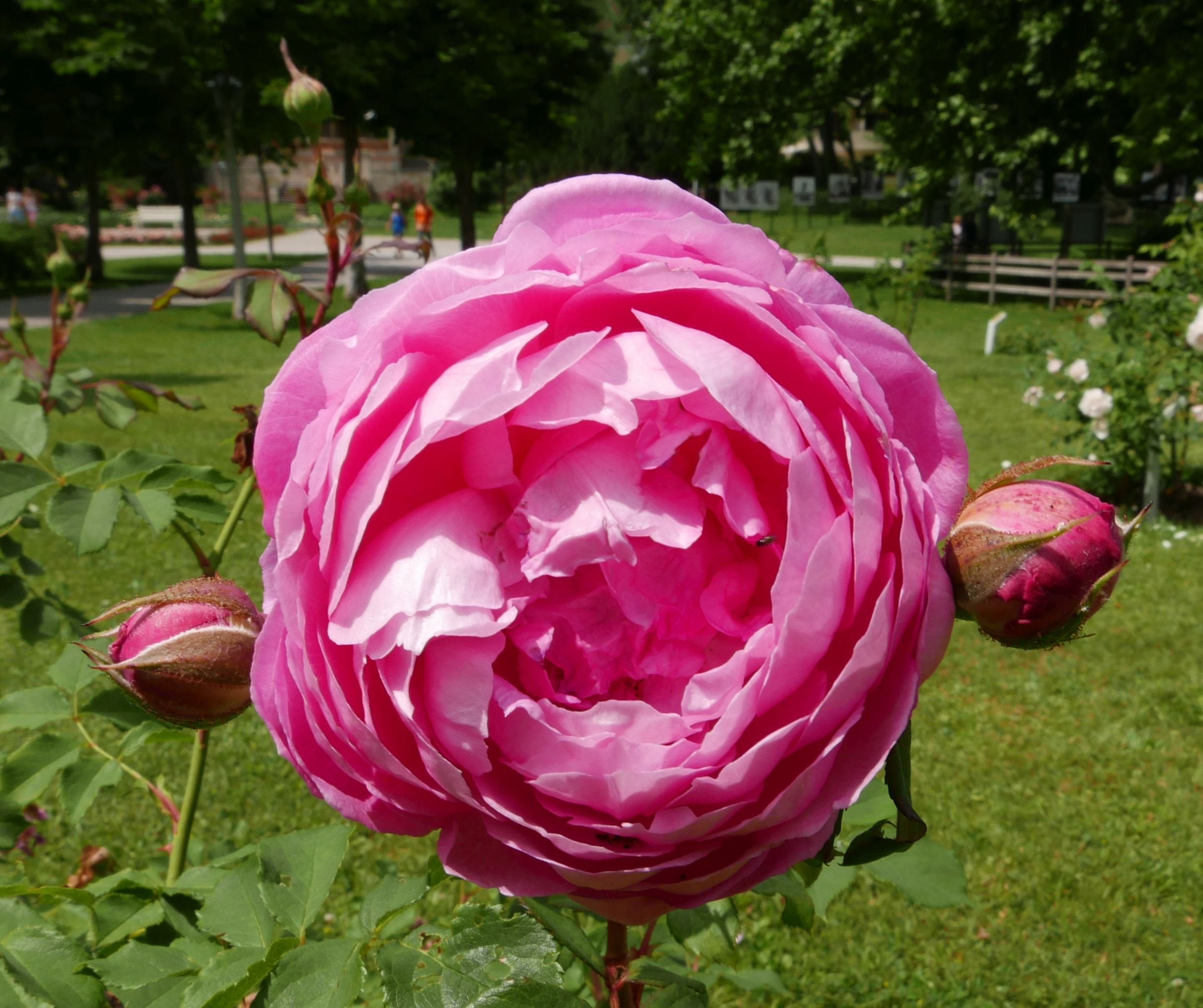
‘Alan Titchmarsh’, David Austin, 2000
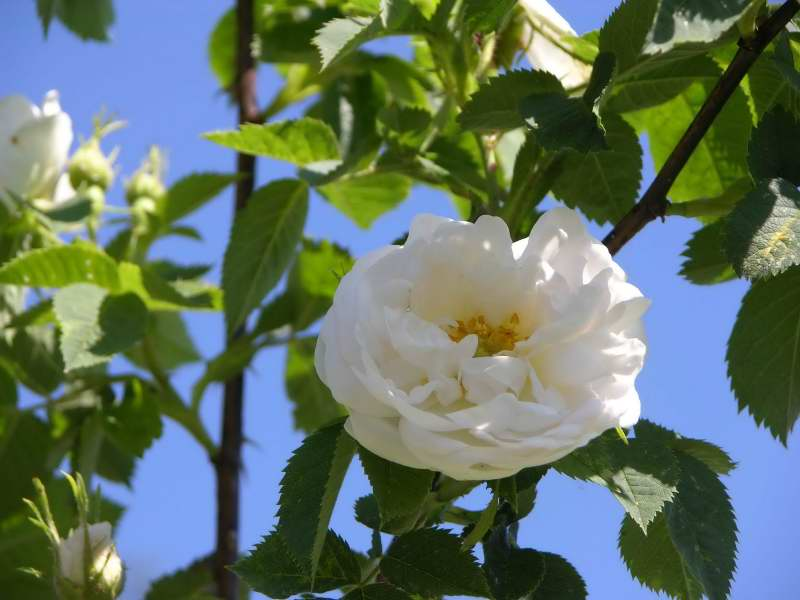
‘Alba Maxima’, Rosa alba, sehr alt (Antike?)
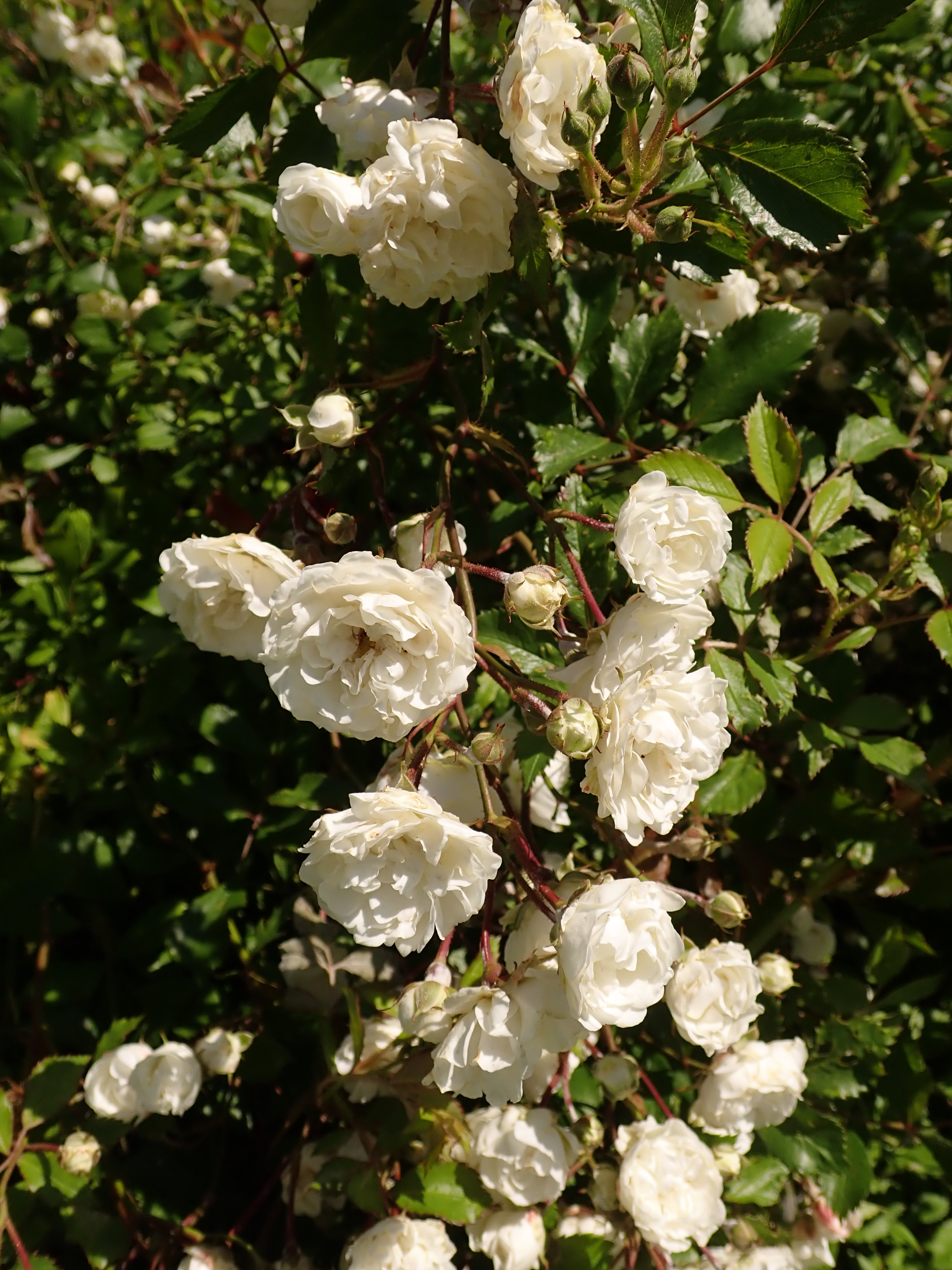
‘Alba Meidiland’, Meilland, 1986
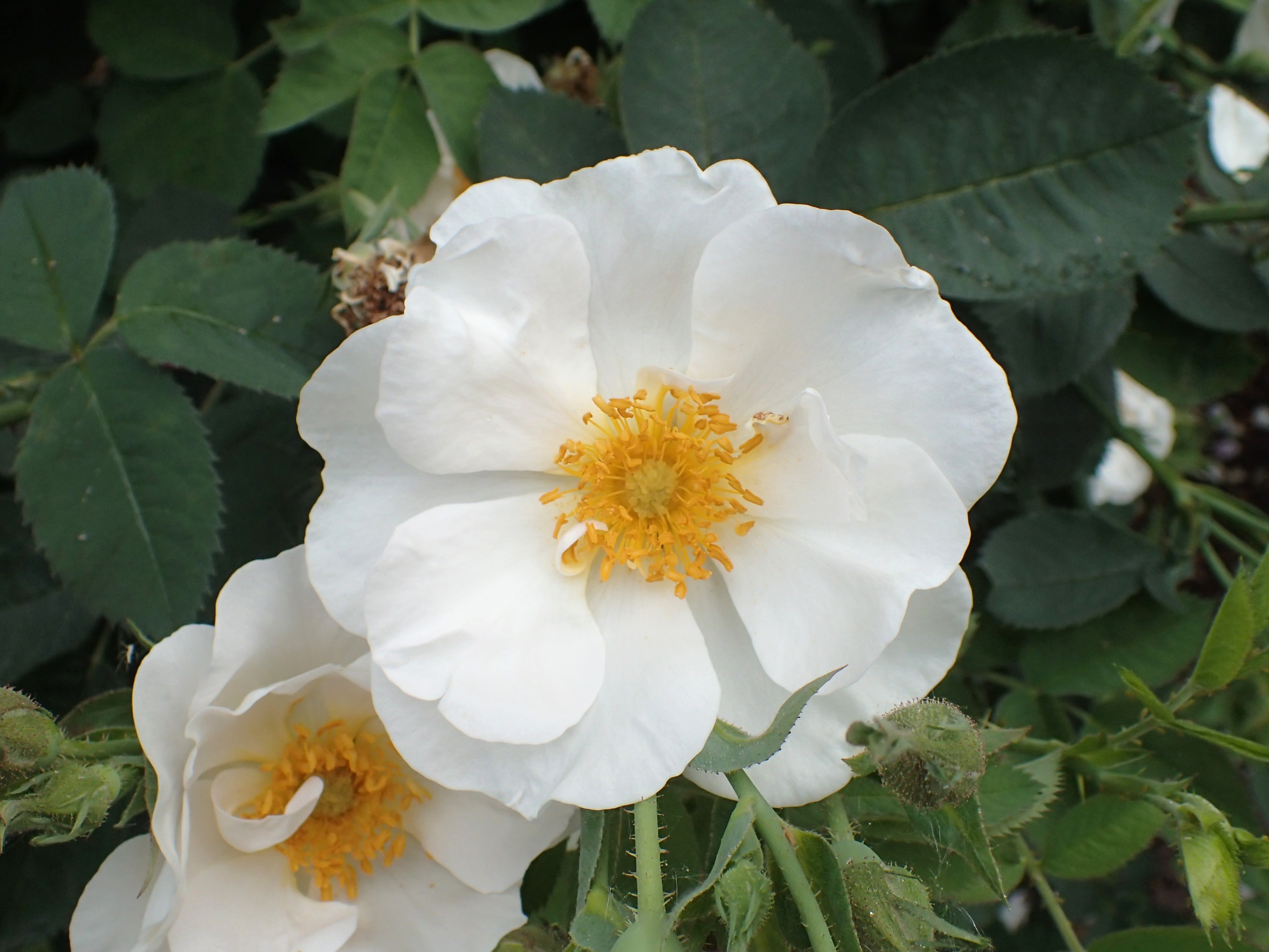
‘Alba semiplena’, Rosa alba, sehr alt
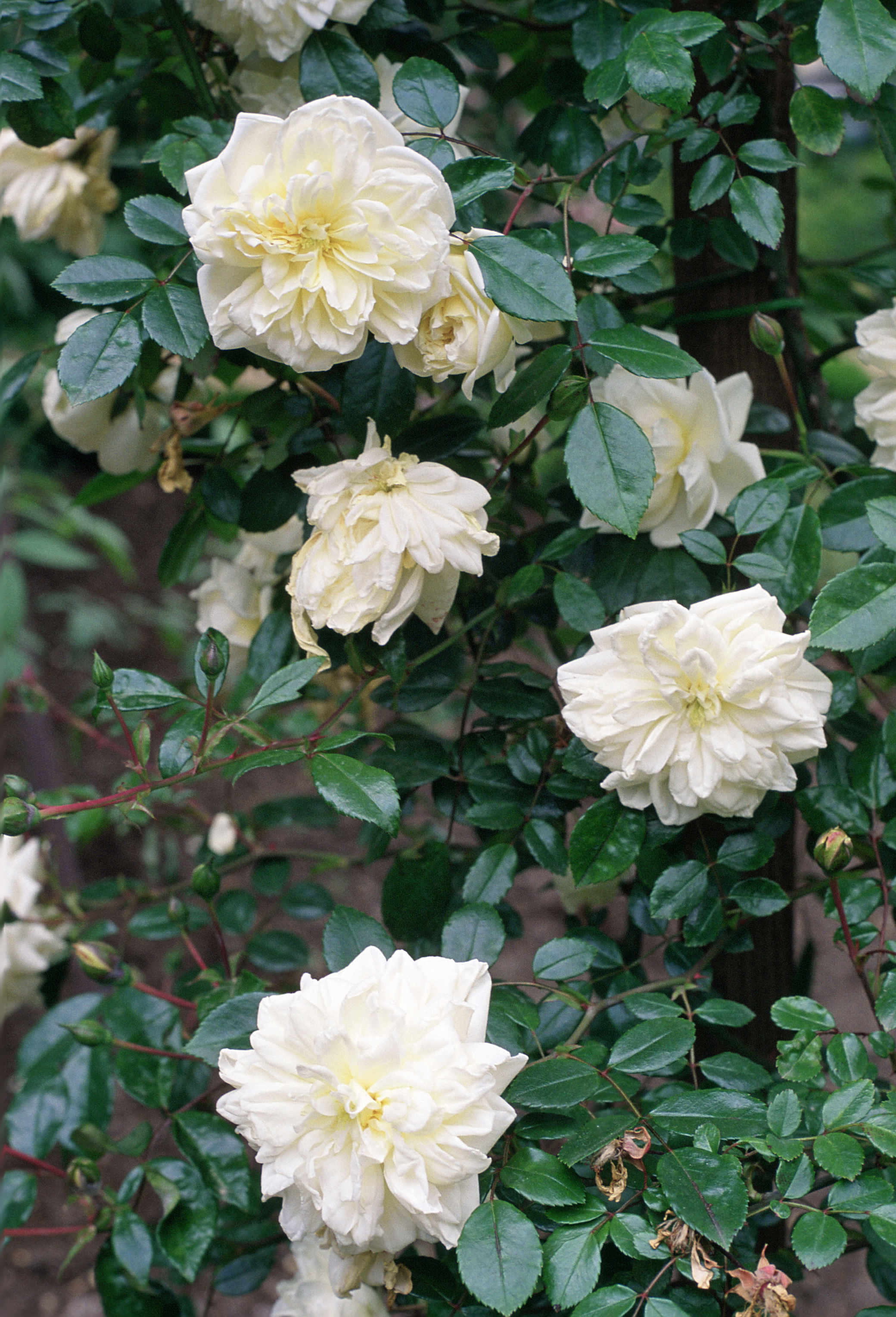
‘Albéric Barbier’, Barbier, 1900
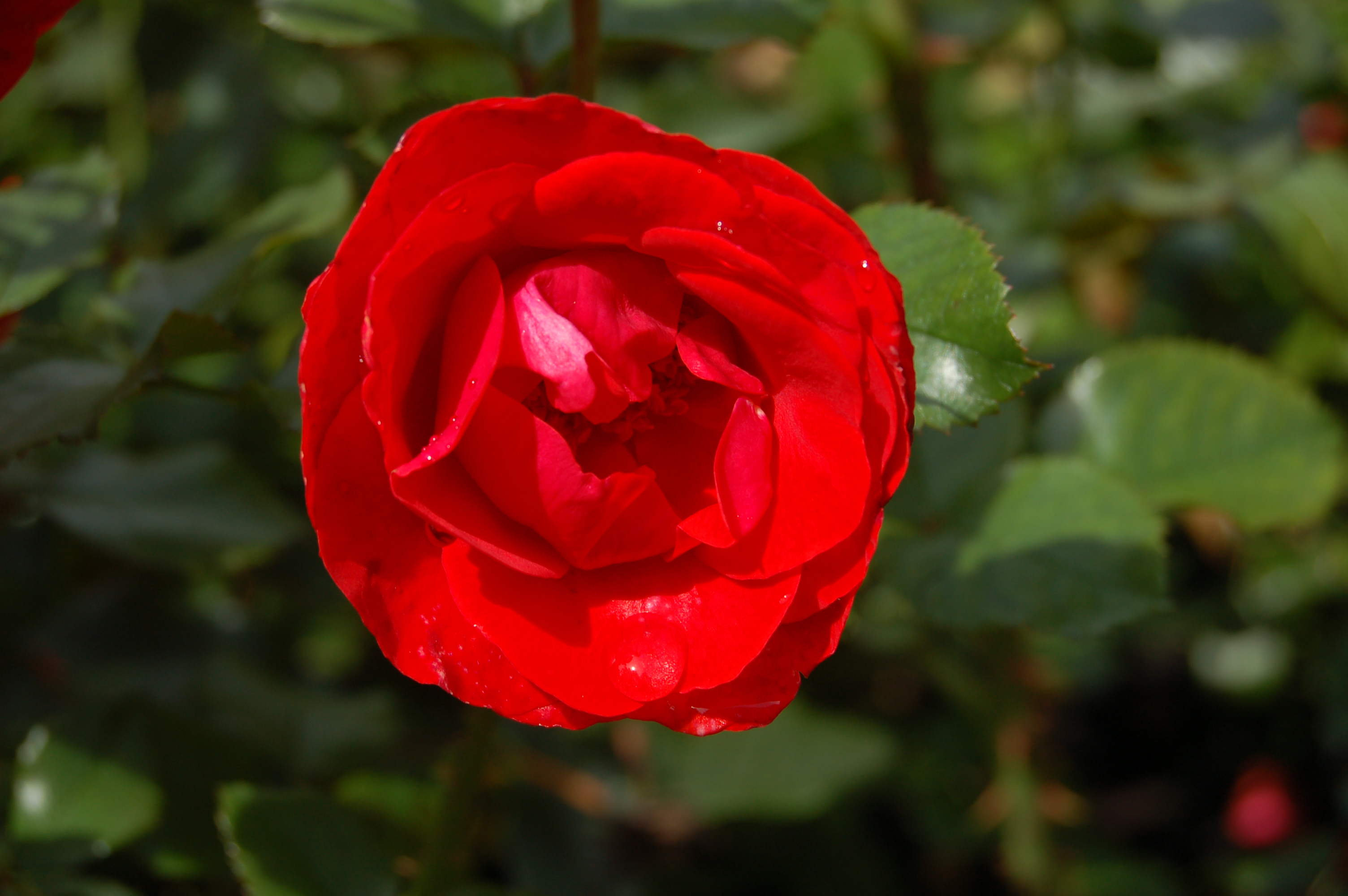
‘Albert-Georg-Pluta-Rose’, Tantau, 1986
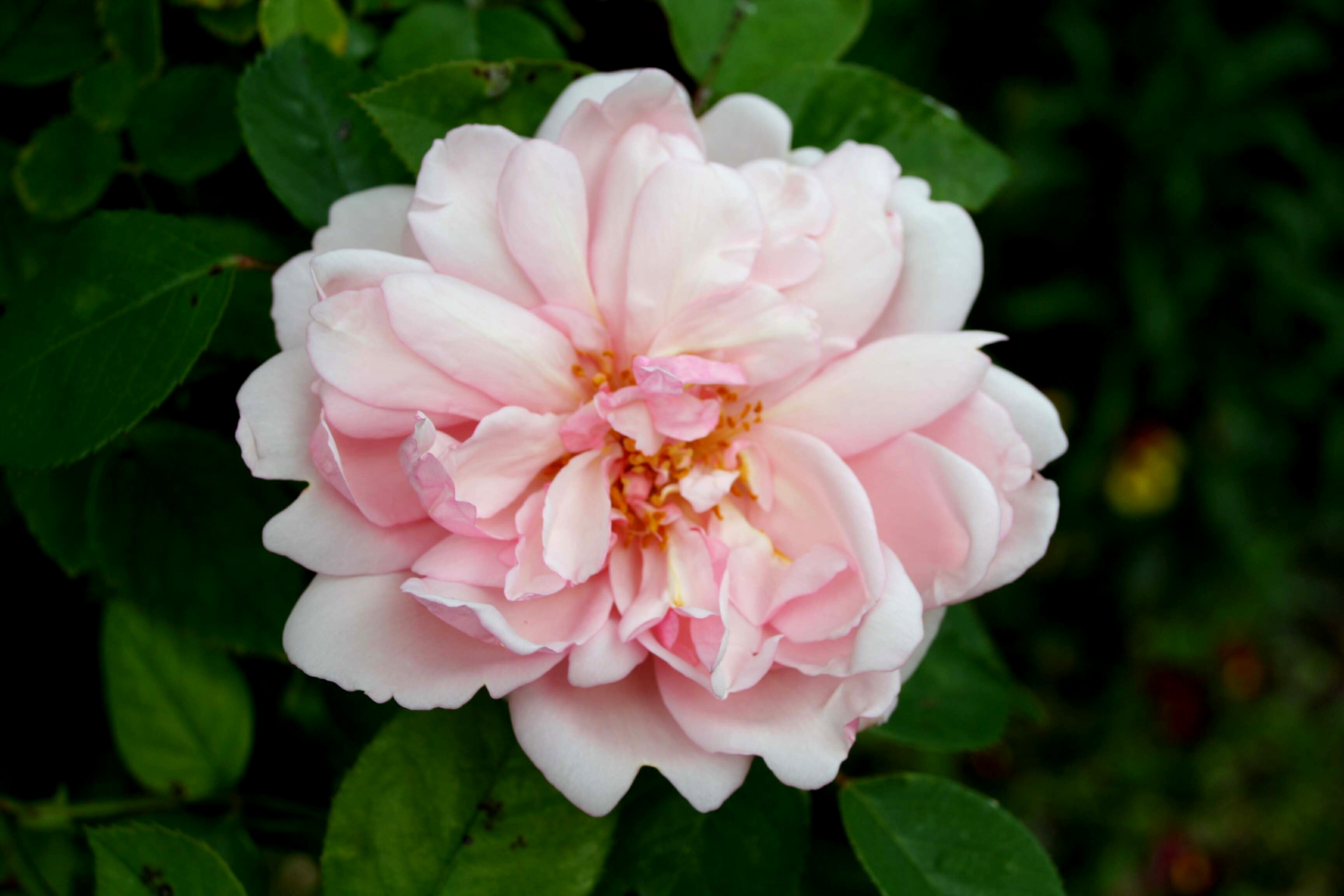
‘Albertine’, Barbier, 1921
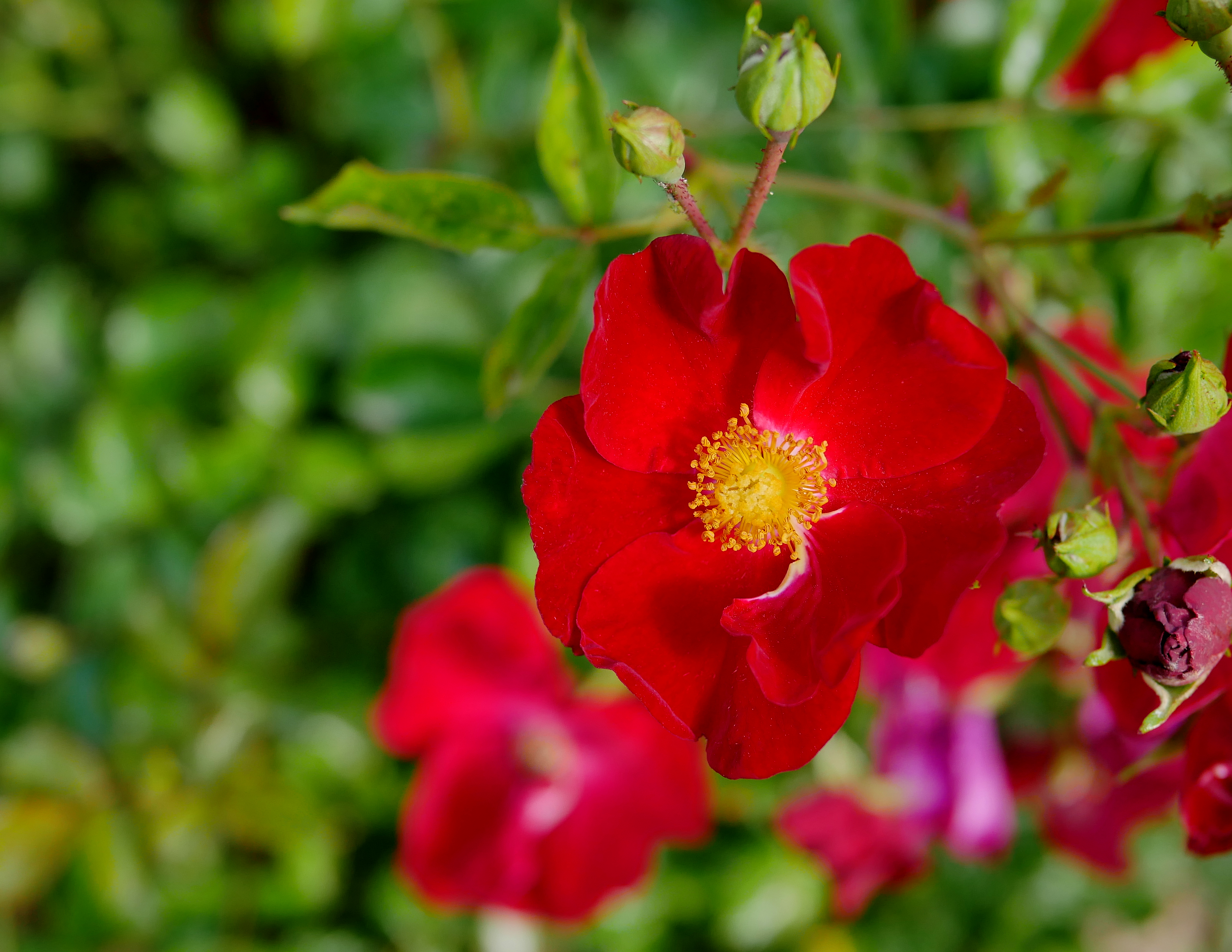
‘Alcantara’, Reinhard Noack, 1998
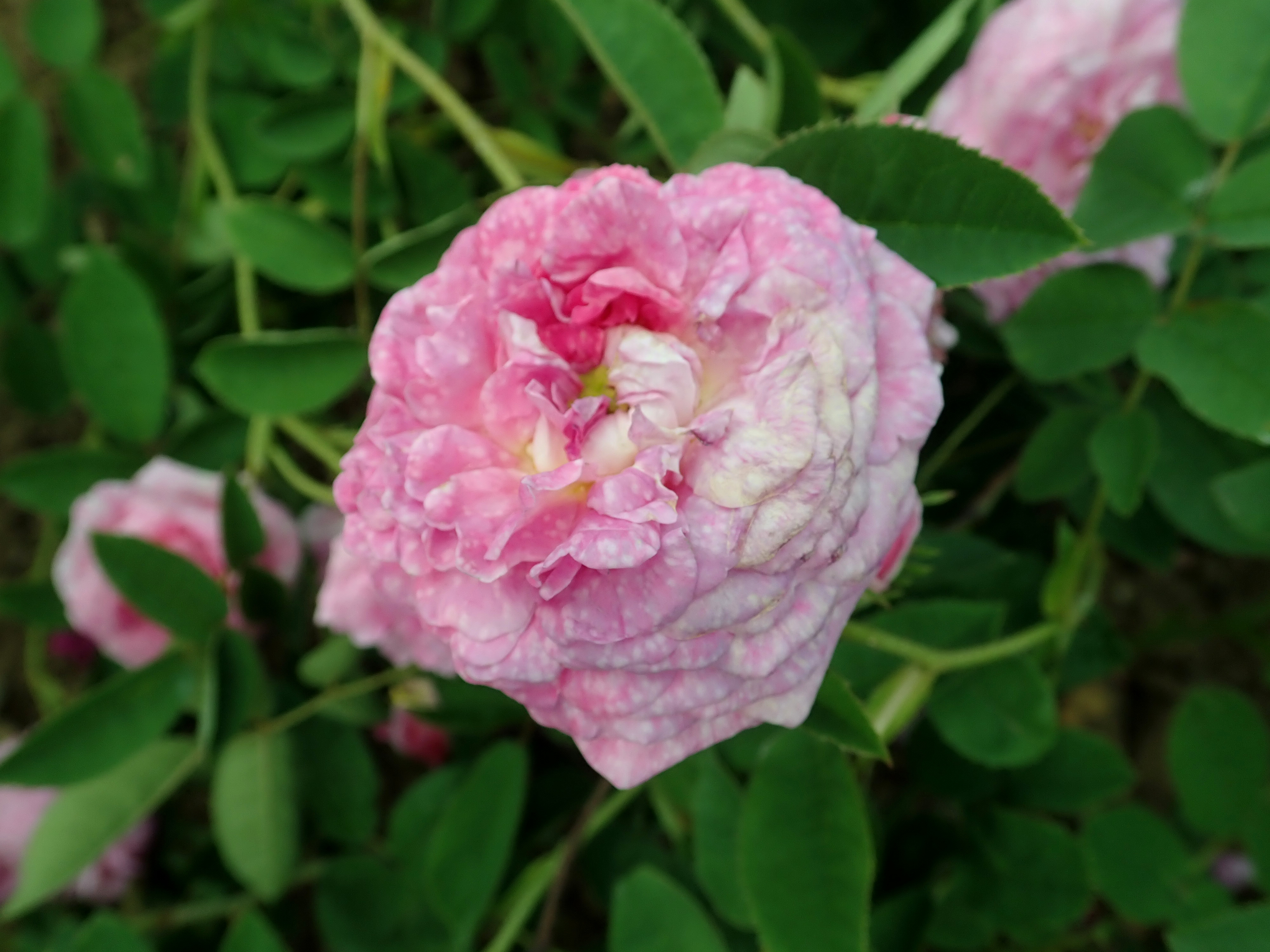
‘Alcime’, Vibert, 1834
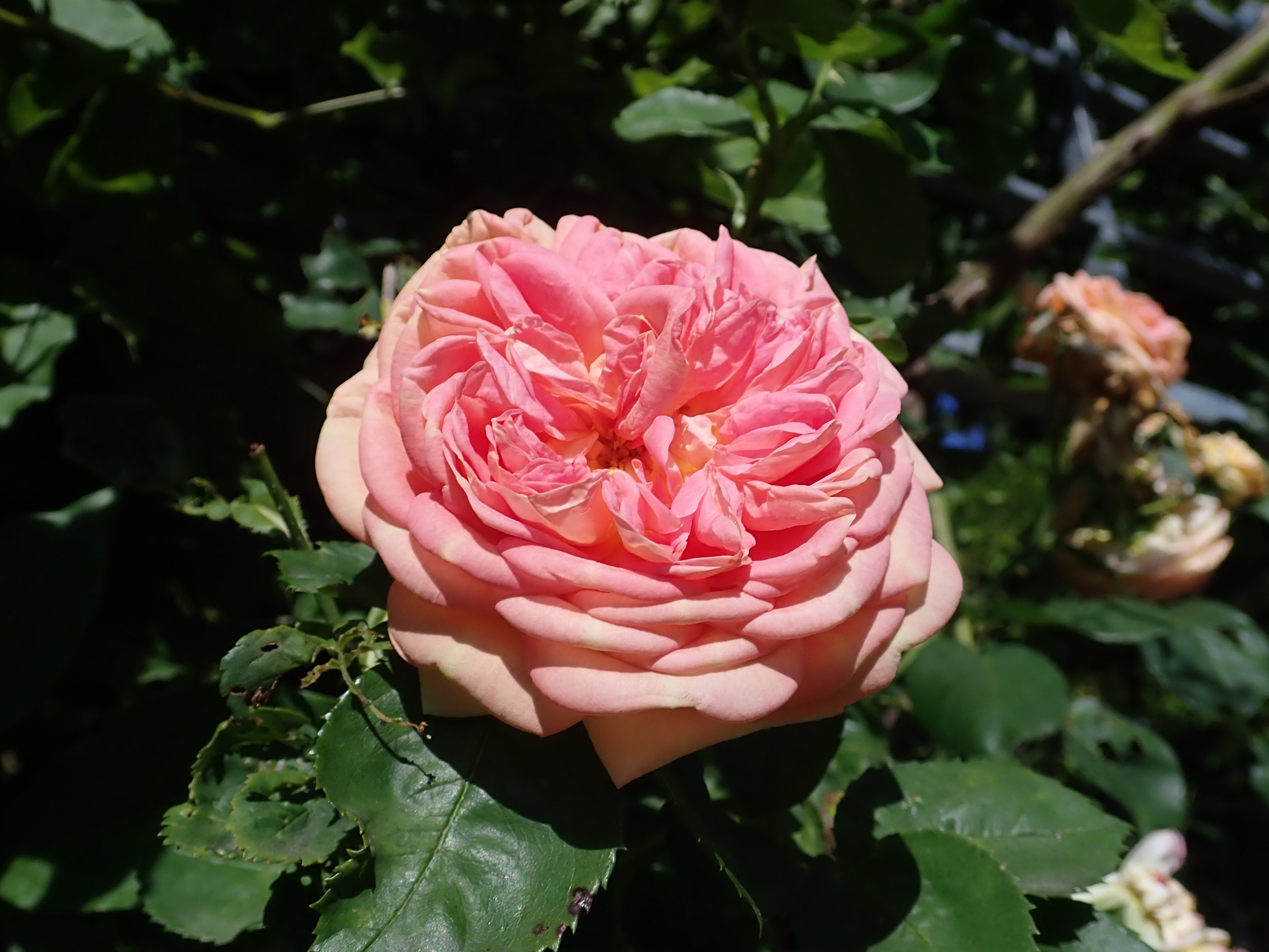
‘Alchymist’, Kordes Söhne, 1956
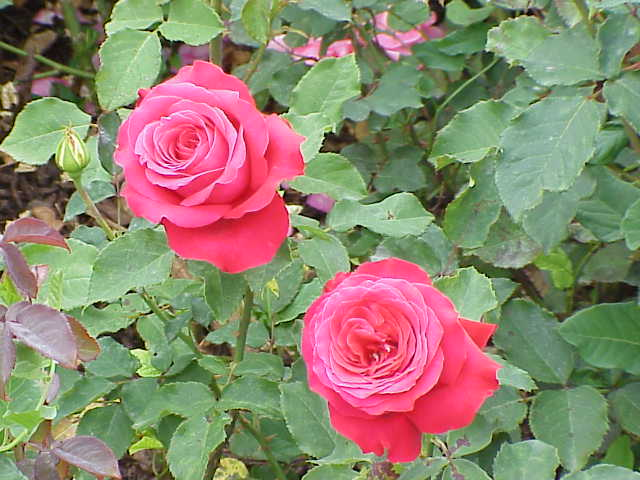
‘Alec's Red’, Cocker, 1970
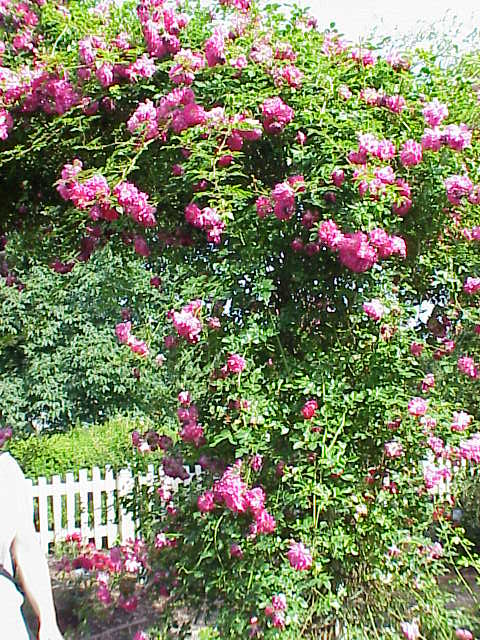
‘Alexandre Girault’, Barbier, 1908
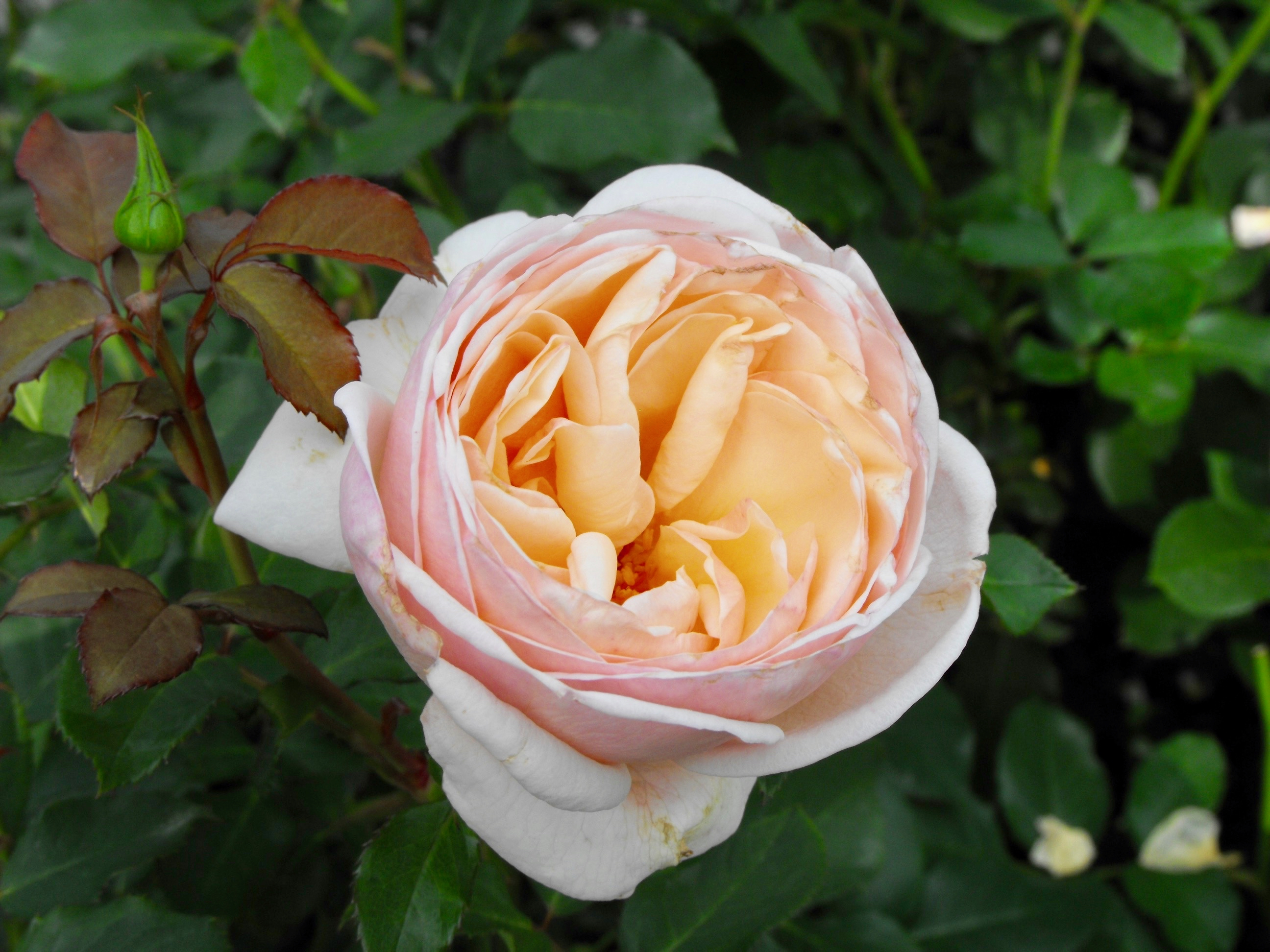
‘Alexandrine’, Meilland, 2009
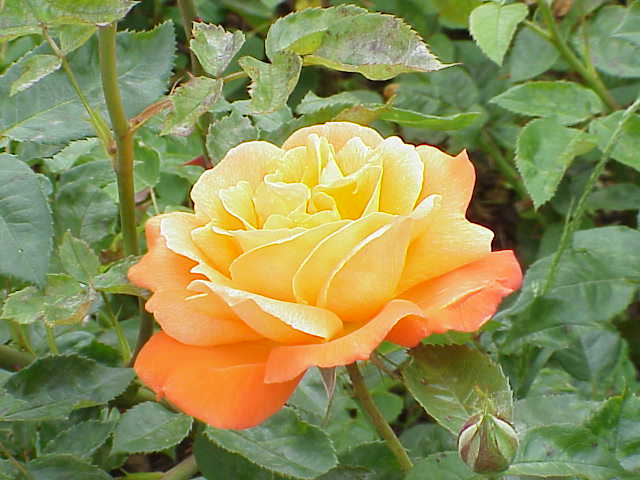
‘Alexis’, Harkness, 1982
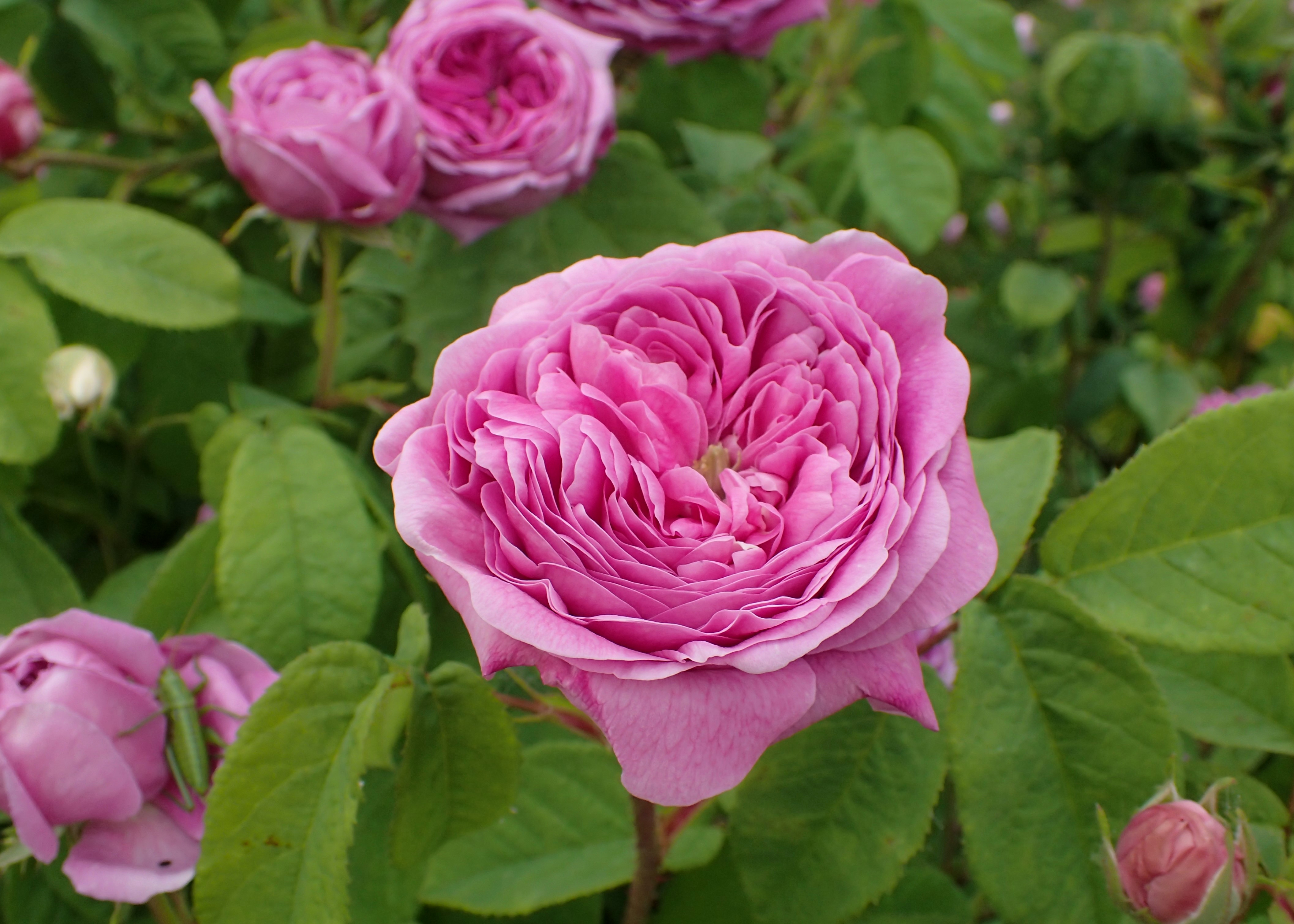
‘Alfieri’, Vibert, 1833
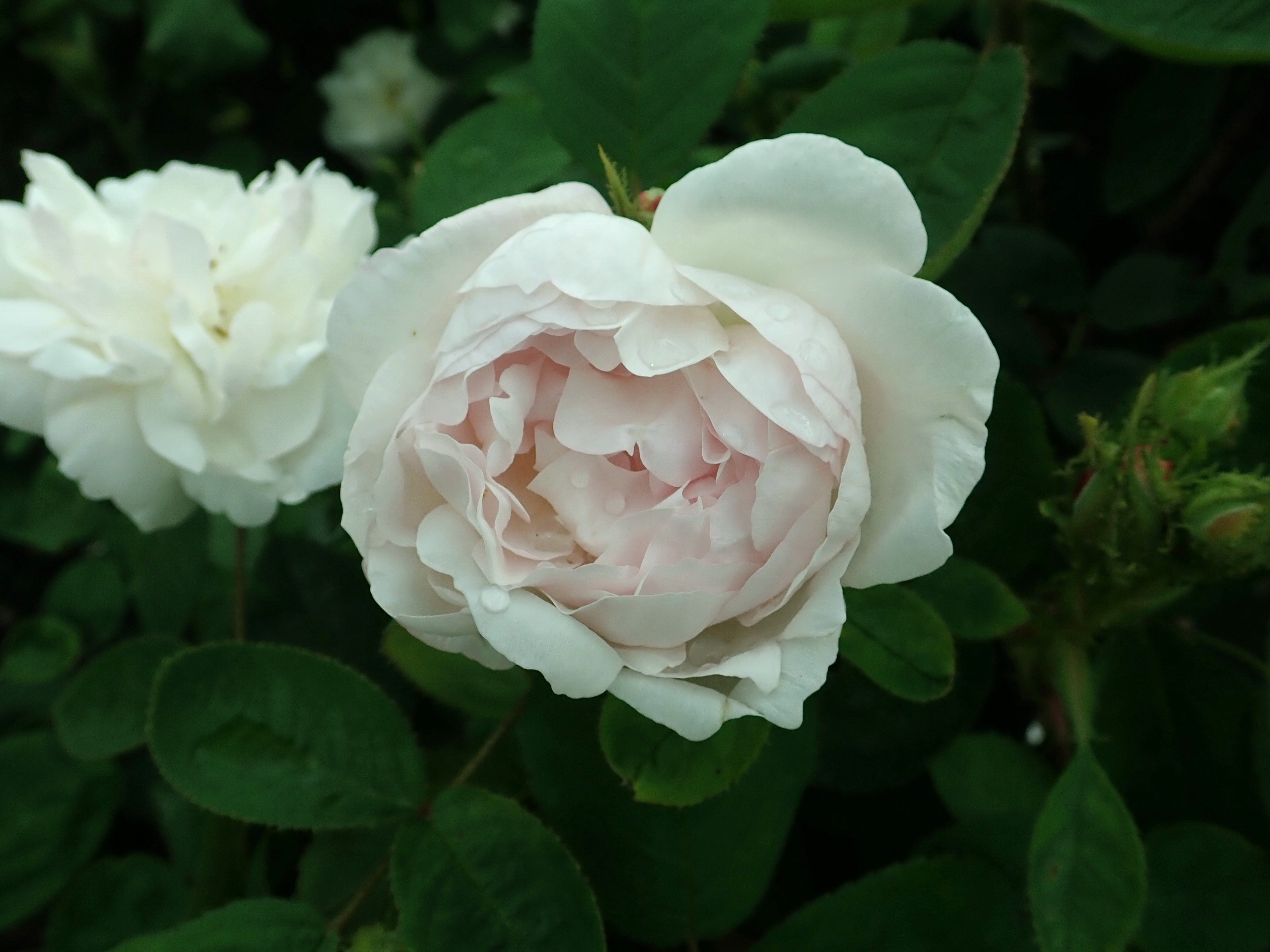
‘Alfred de Dalmas’, Laffay/Portemer, 1855
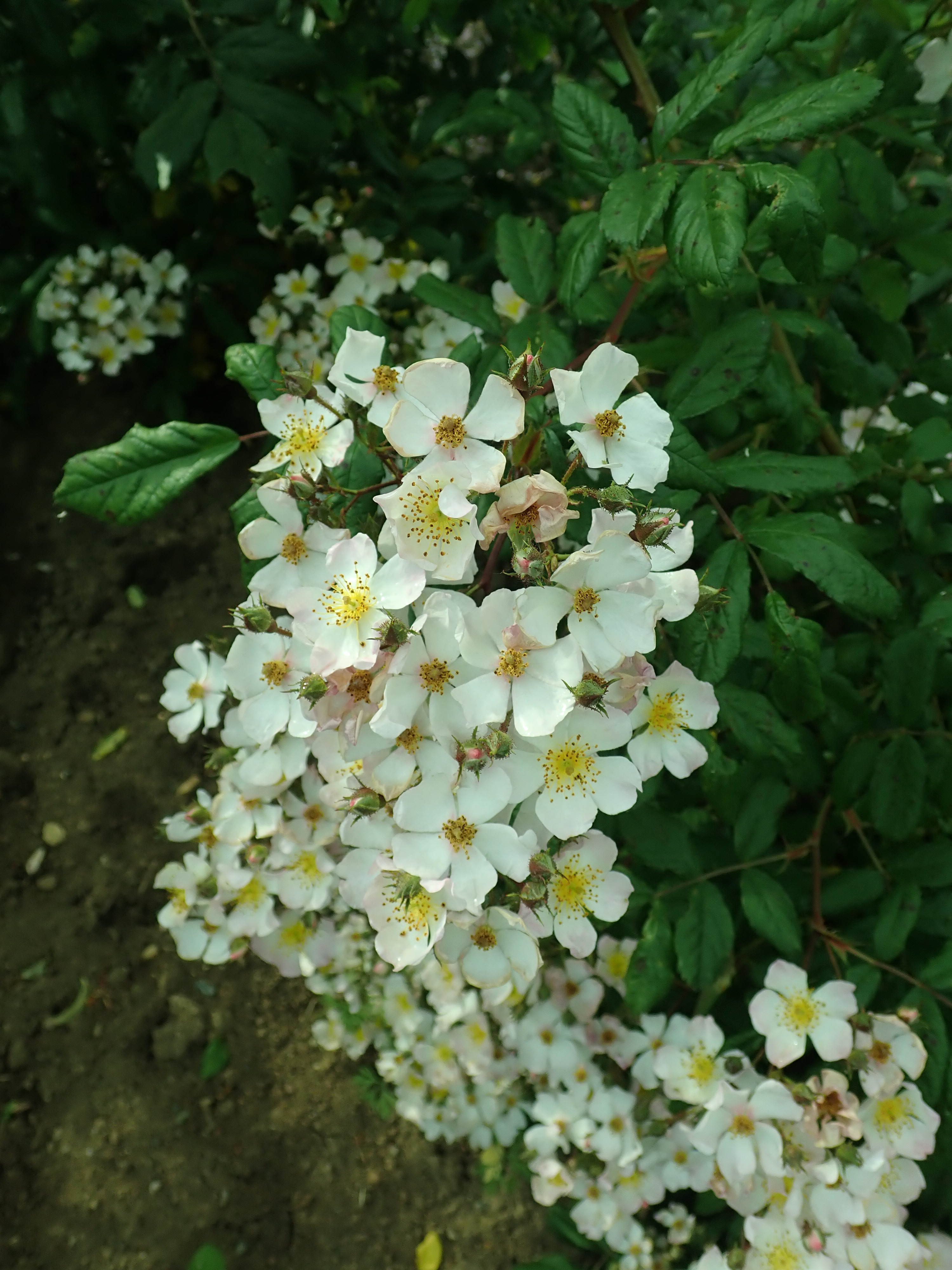
‘Alfred Dietrich’, Lens/Mertens, 1980
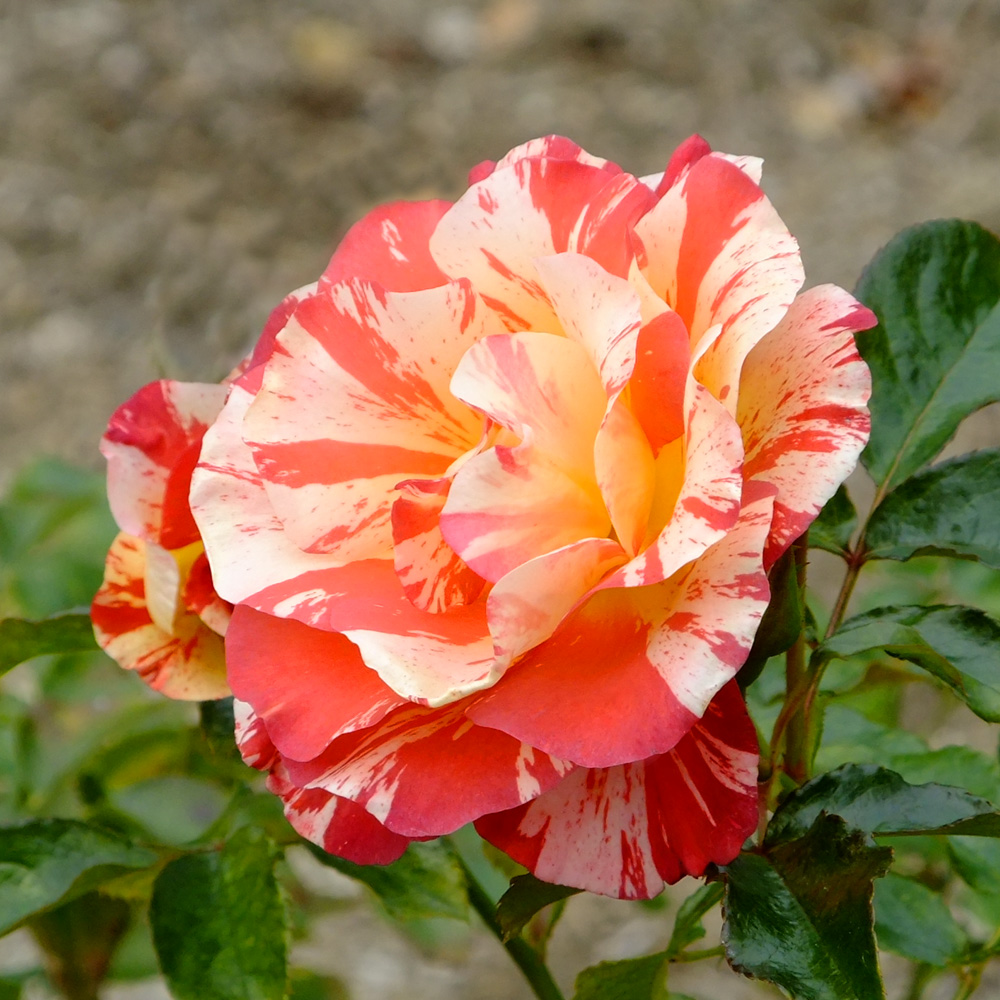
‘Alfred Sisley’, Delbard 2004
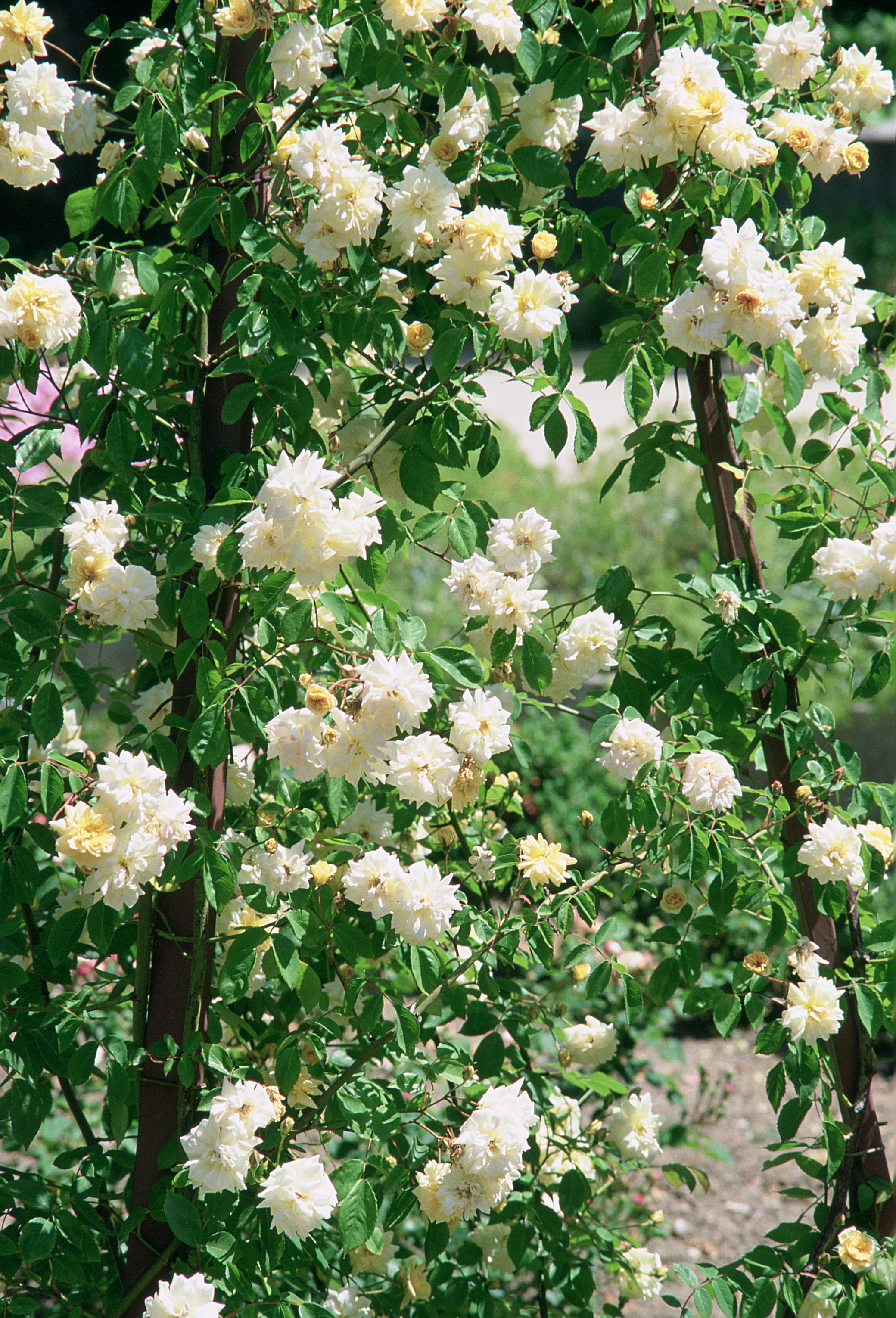
‘Alister Stella Gray’, Alexander Hill Gray, 1894
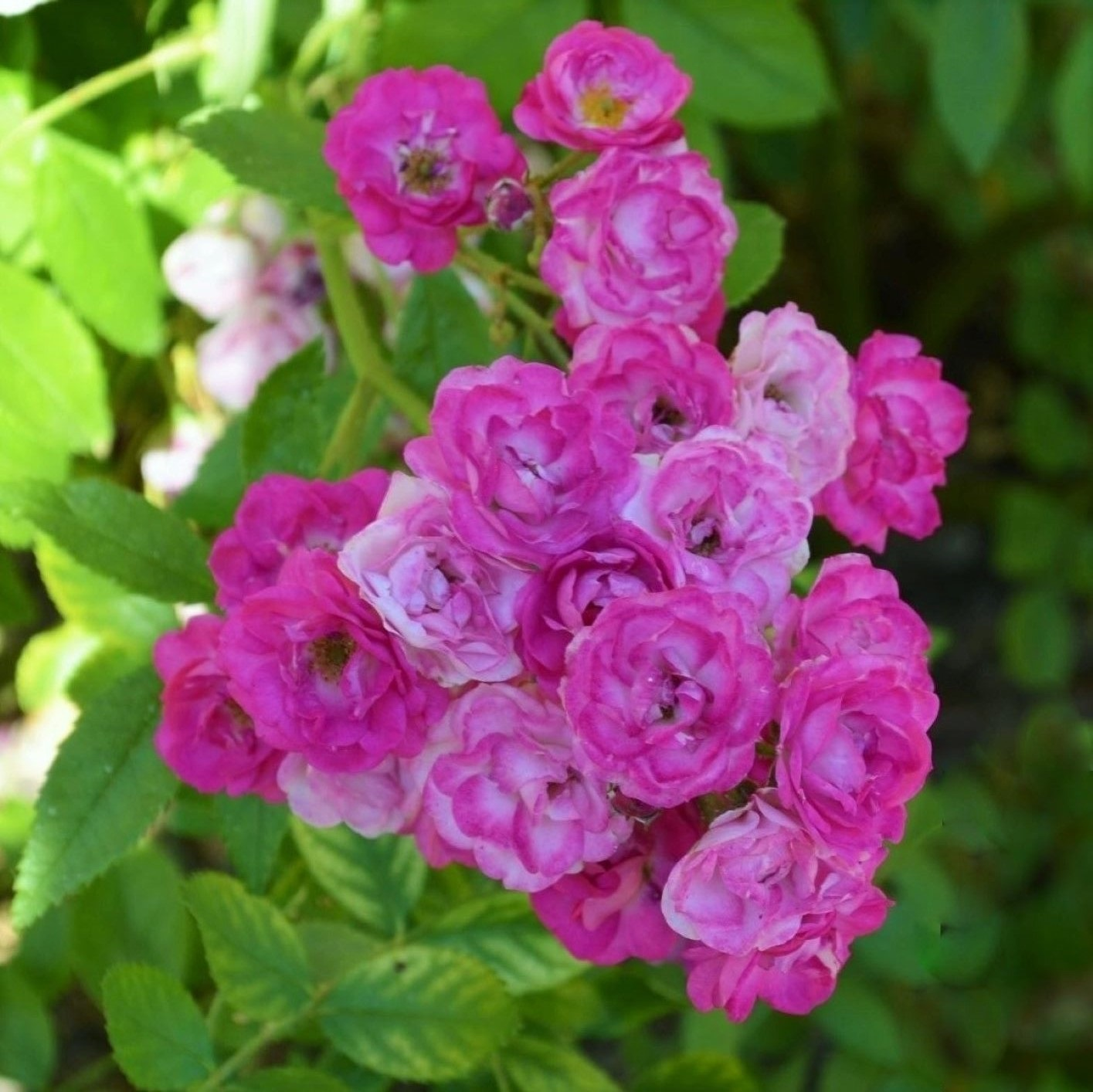
‘Allevia’, Ann Velle Boudolf, vor 2017
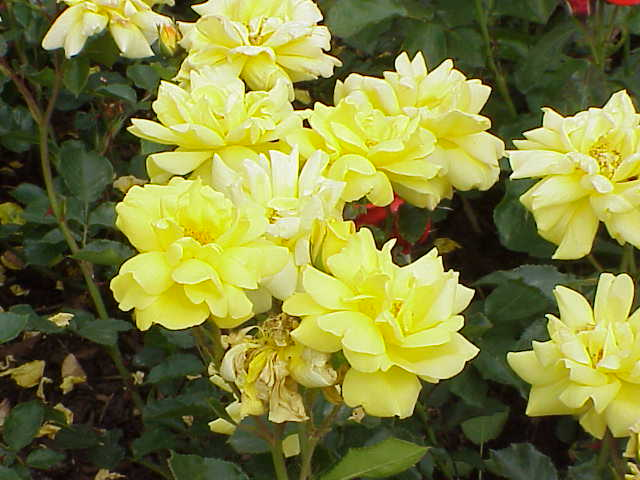
‘Allgold’, Le Grice, 1957
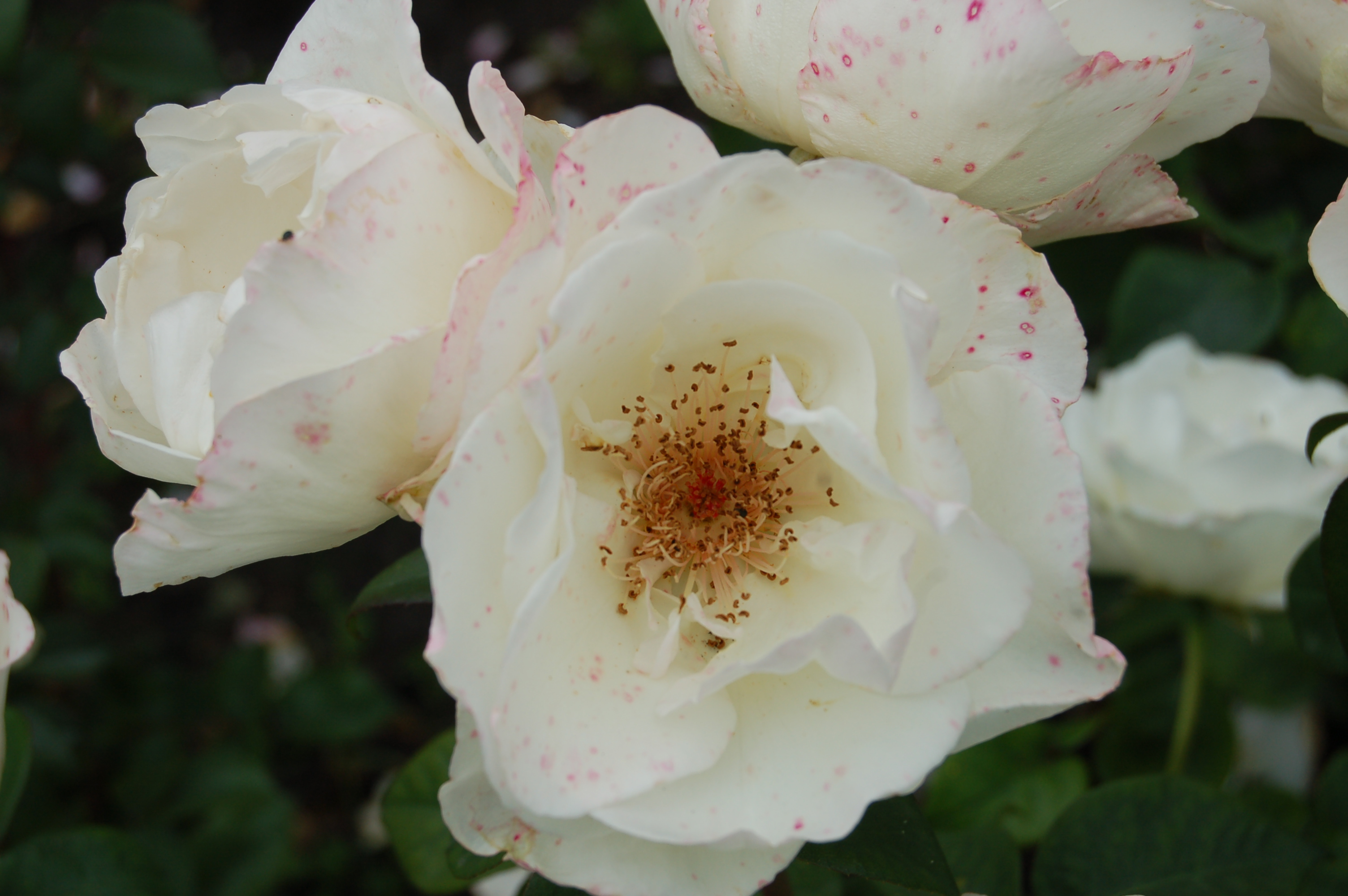
‘Alliance’, Meilland, 1984
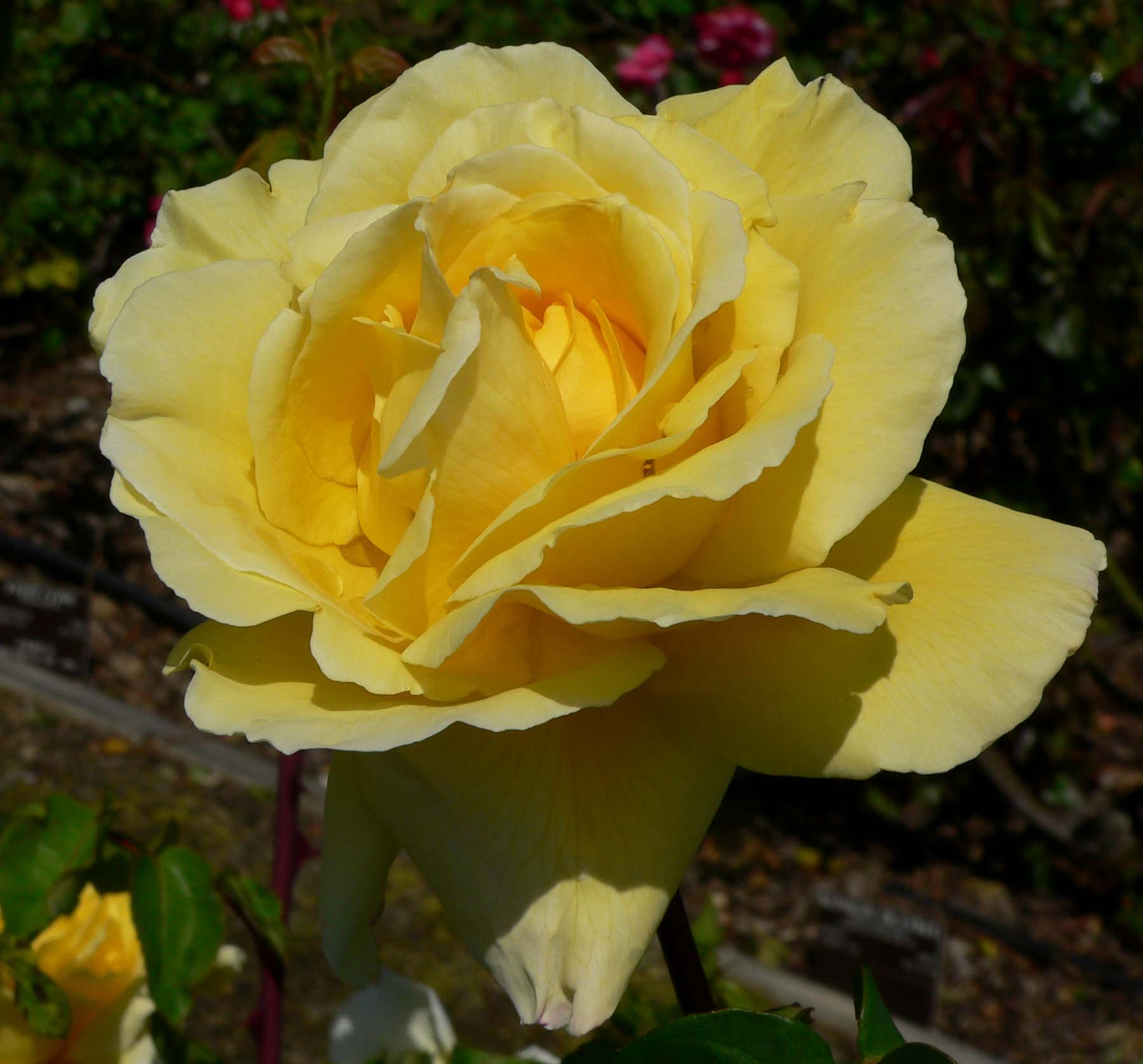
‘Allspice’, Armstrong, 1977
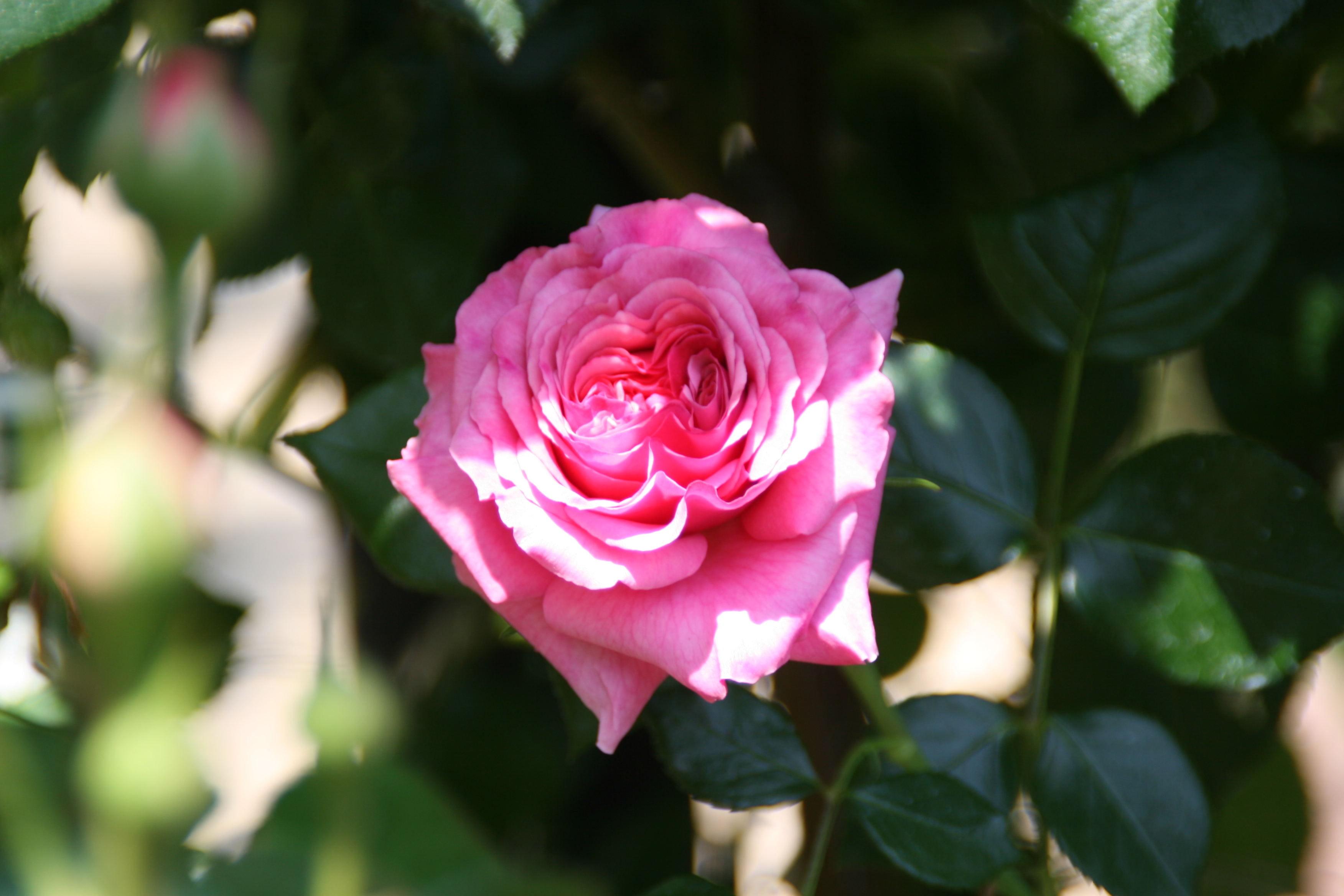
‘Aloha’, Boerner, 1949
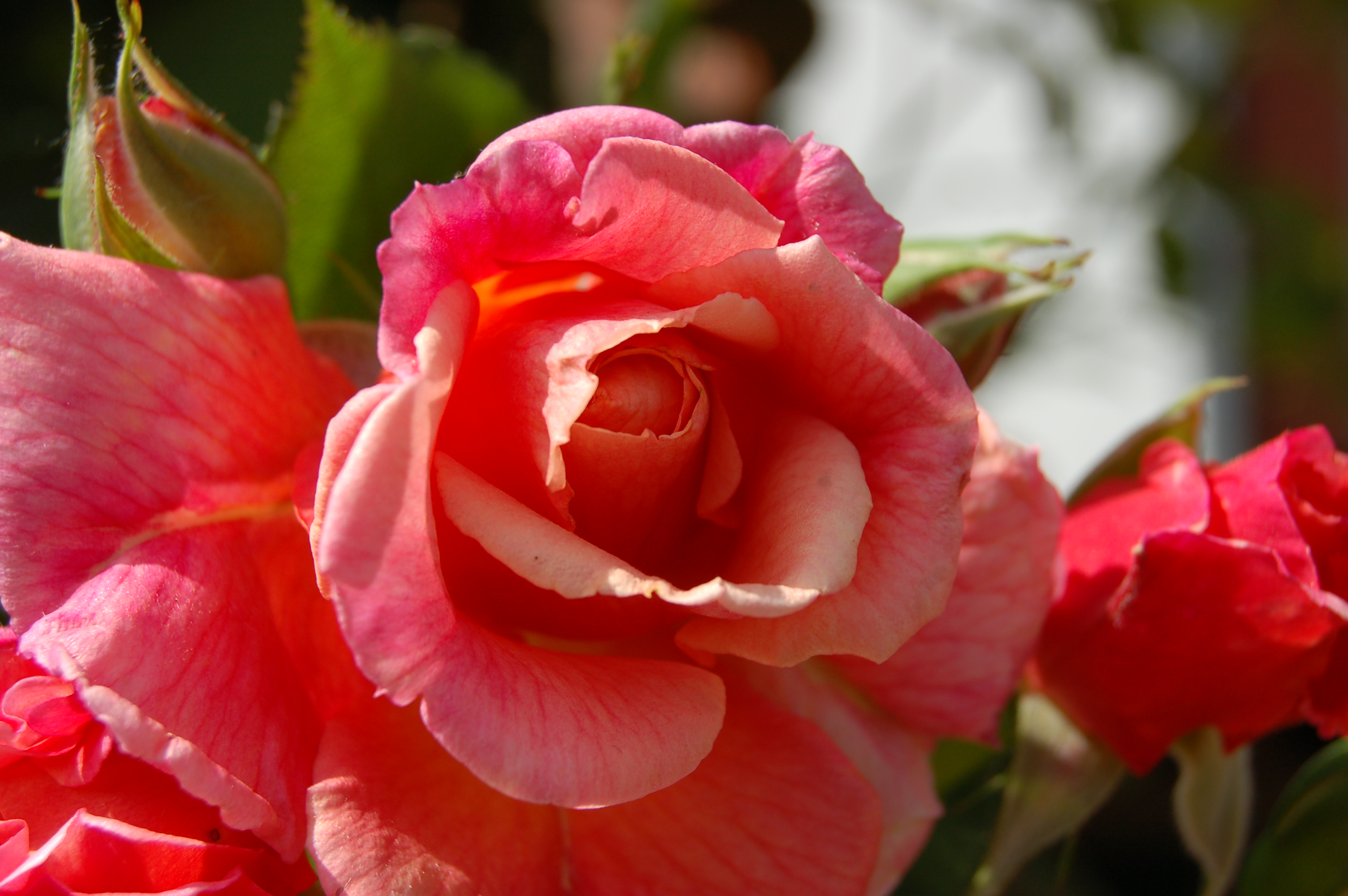
‘Aloha’ (2002), Kordes, 2002
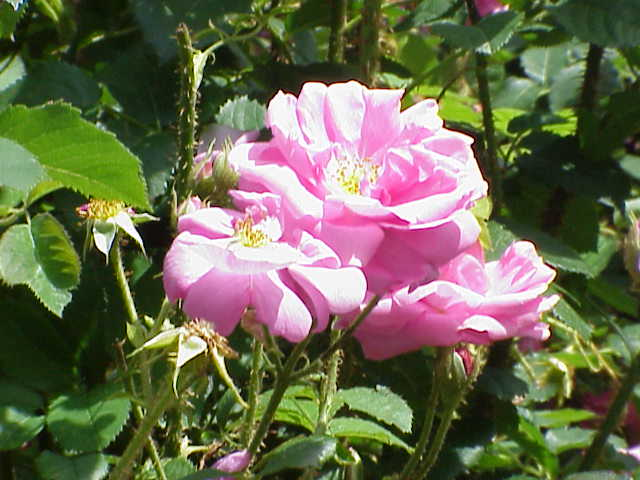
‘A Longs Pédoncules’, Robert, 1854
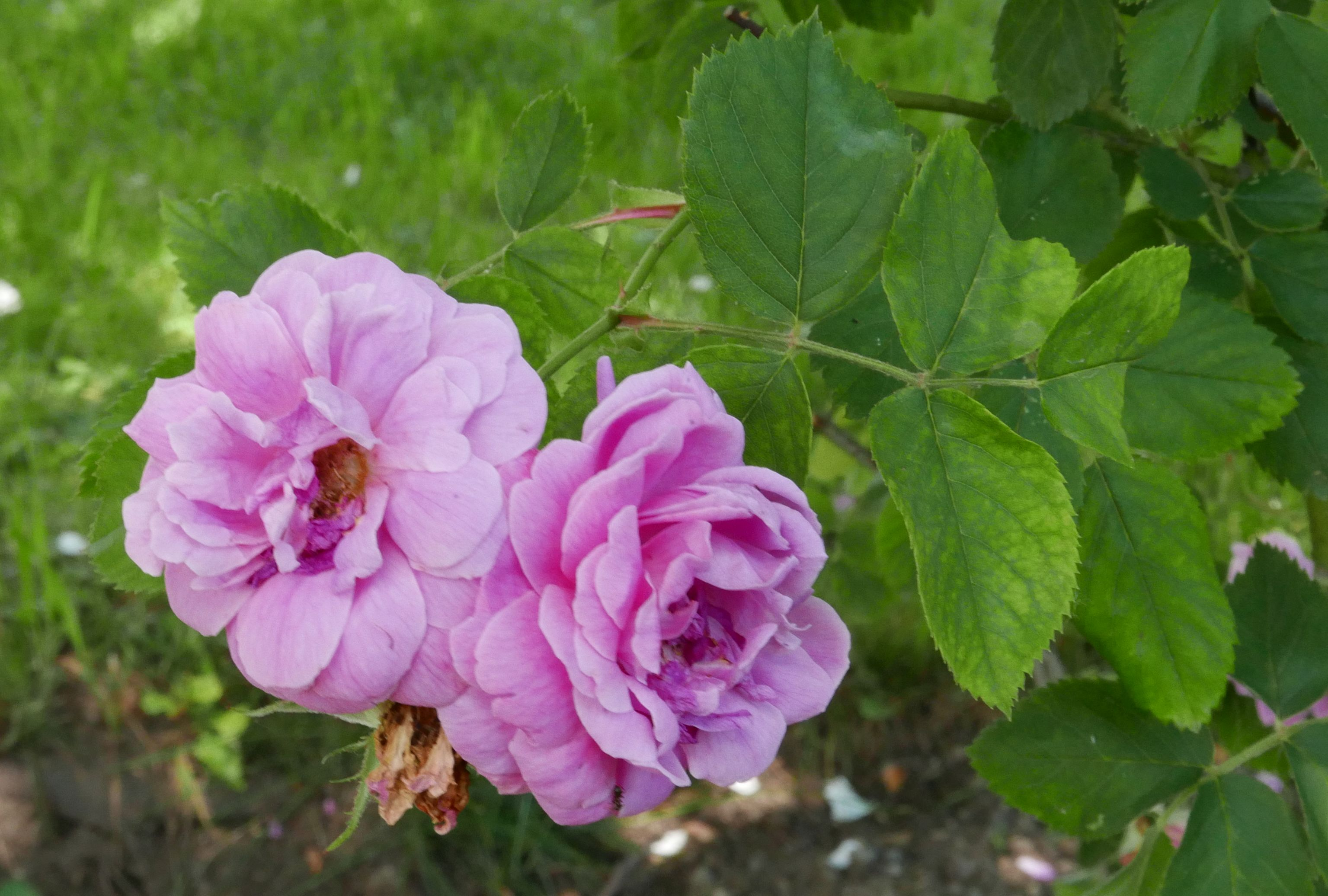
‘Alpenfee’, Geschwind, 1890
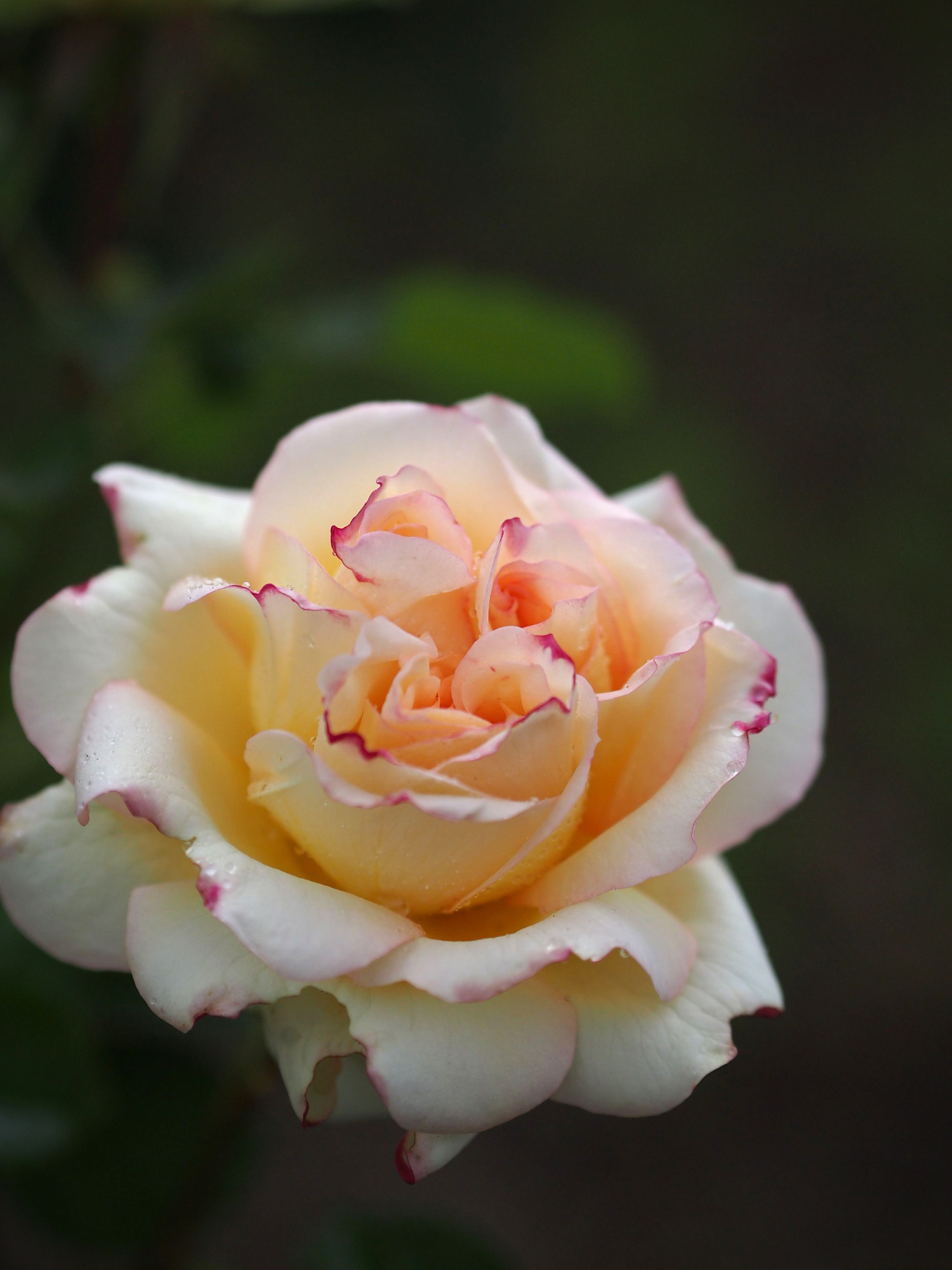
‘Alphonse Daudet’, Meilland, 1997
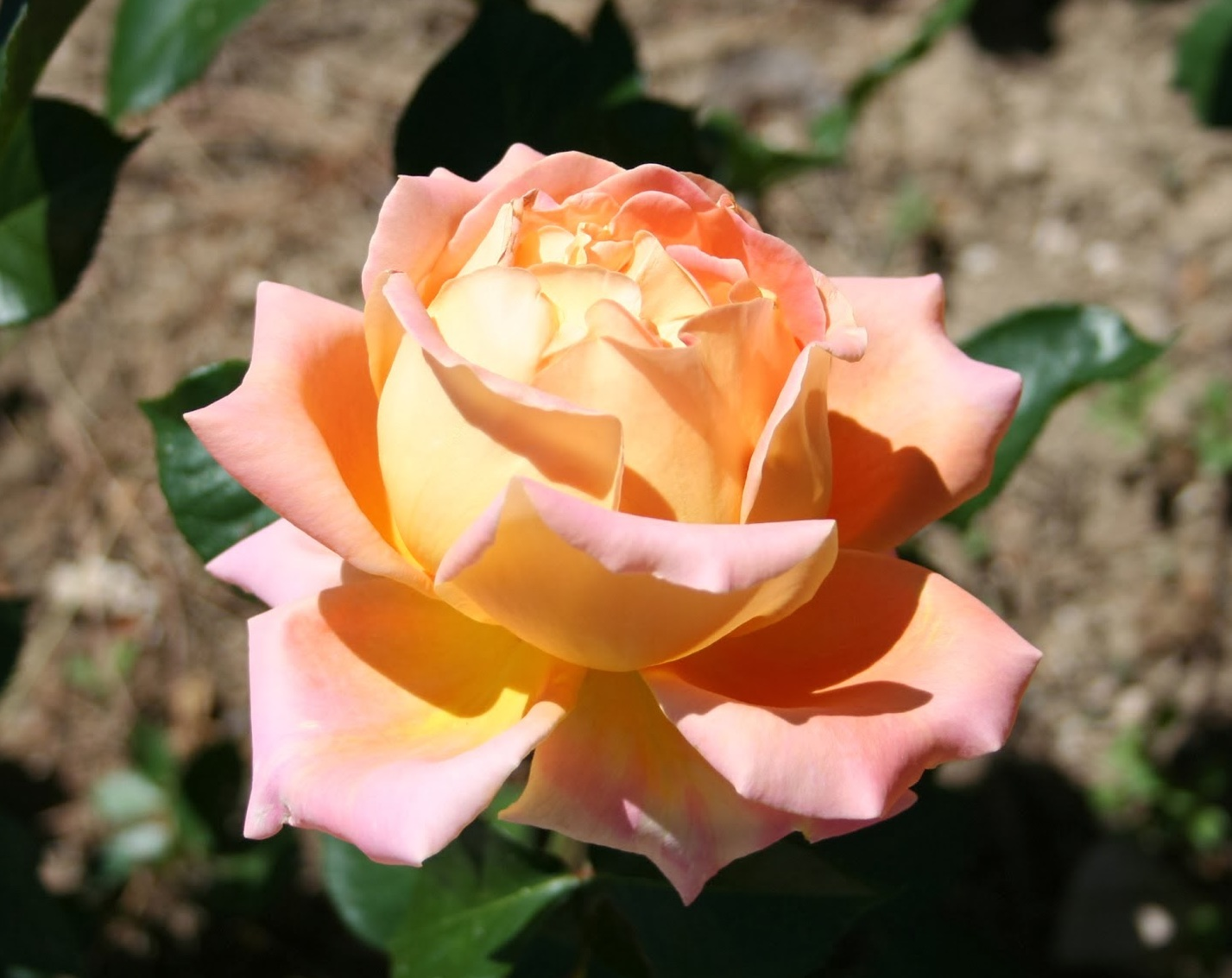
‘Alpine Sunset’, P. Roger Pawsey, 1973
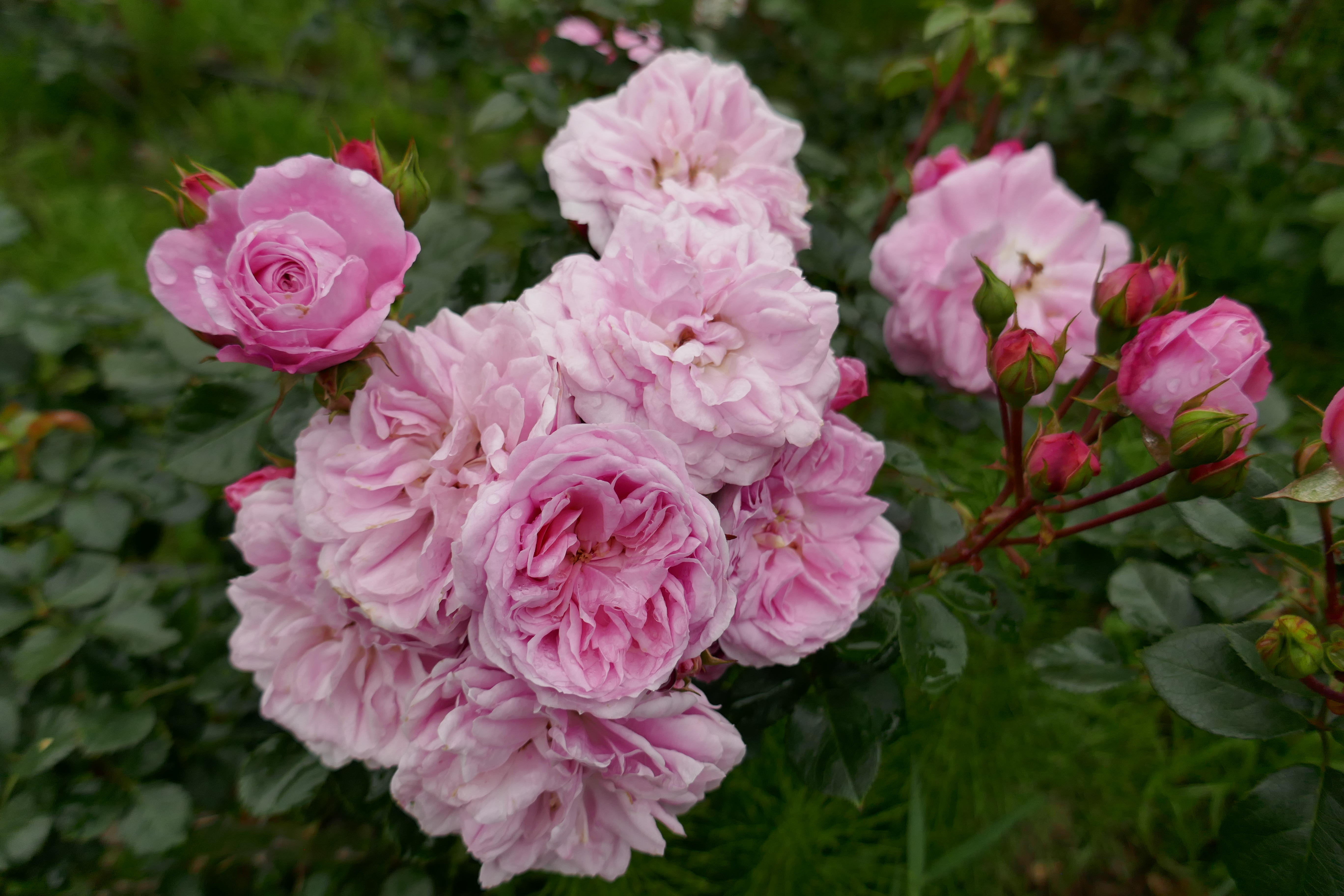
‘Altaïr’, Barni, 2000
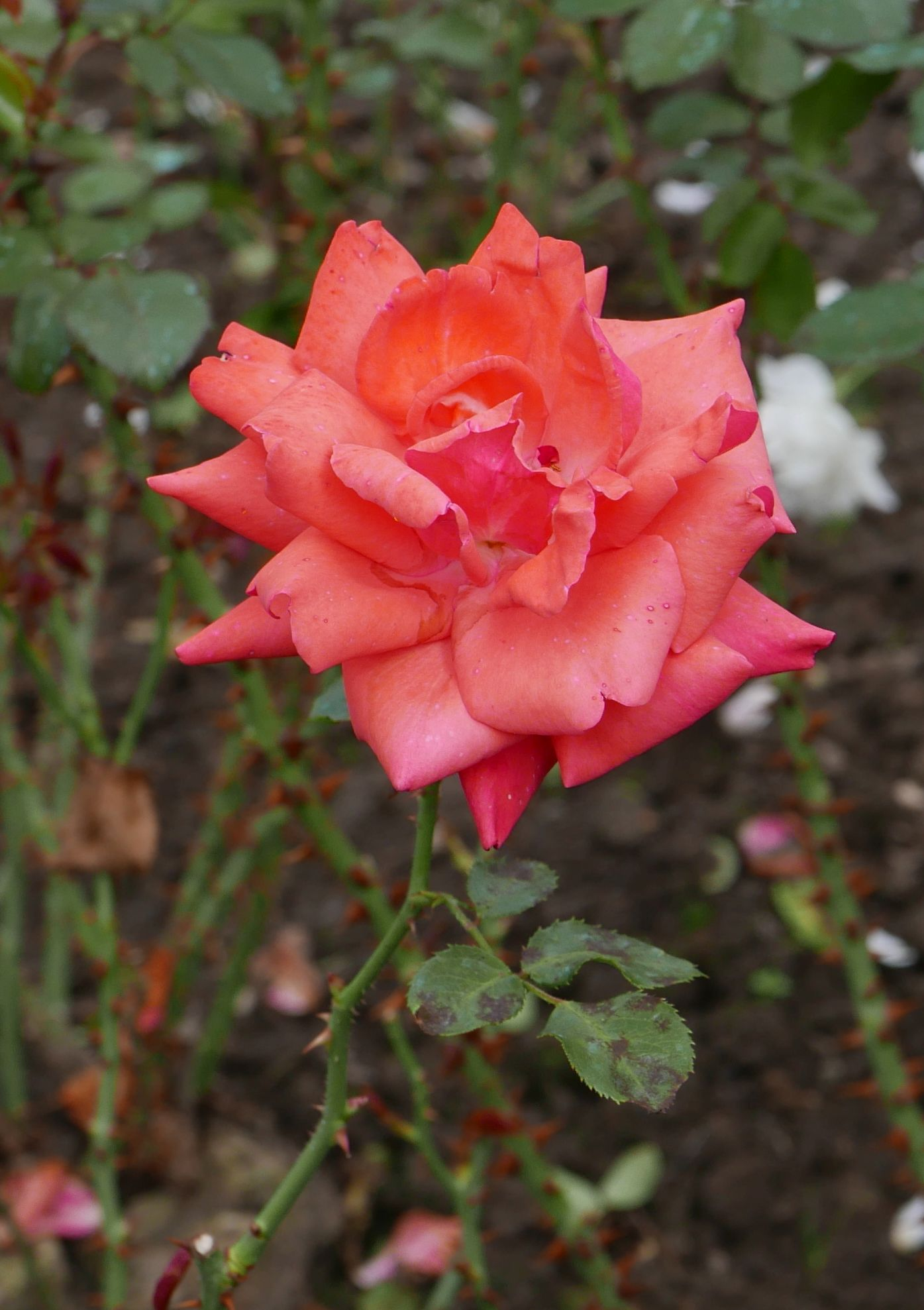
‘Altenburg’, Anni Berger, 1977
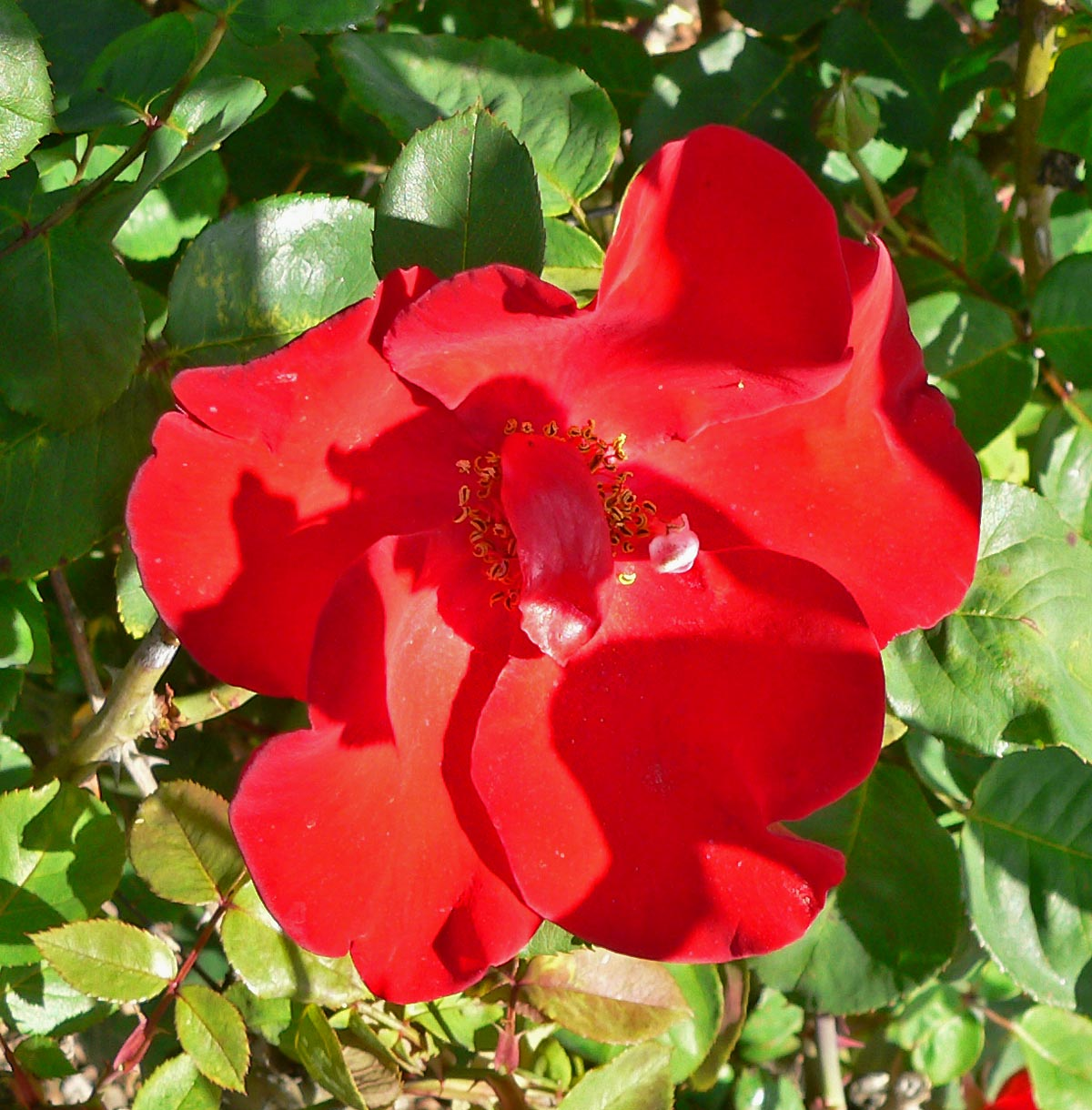
‘Altissimo’, Delbard-Chabert, 1966
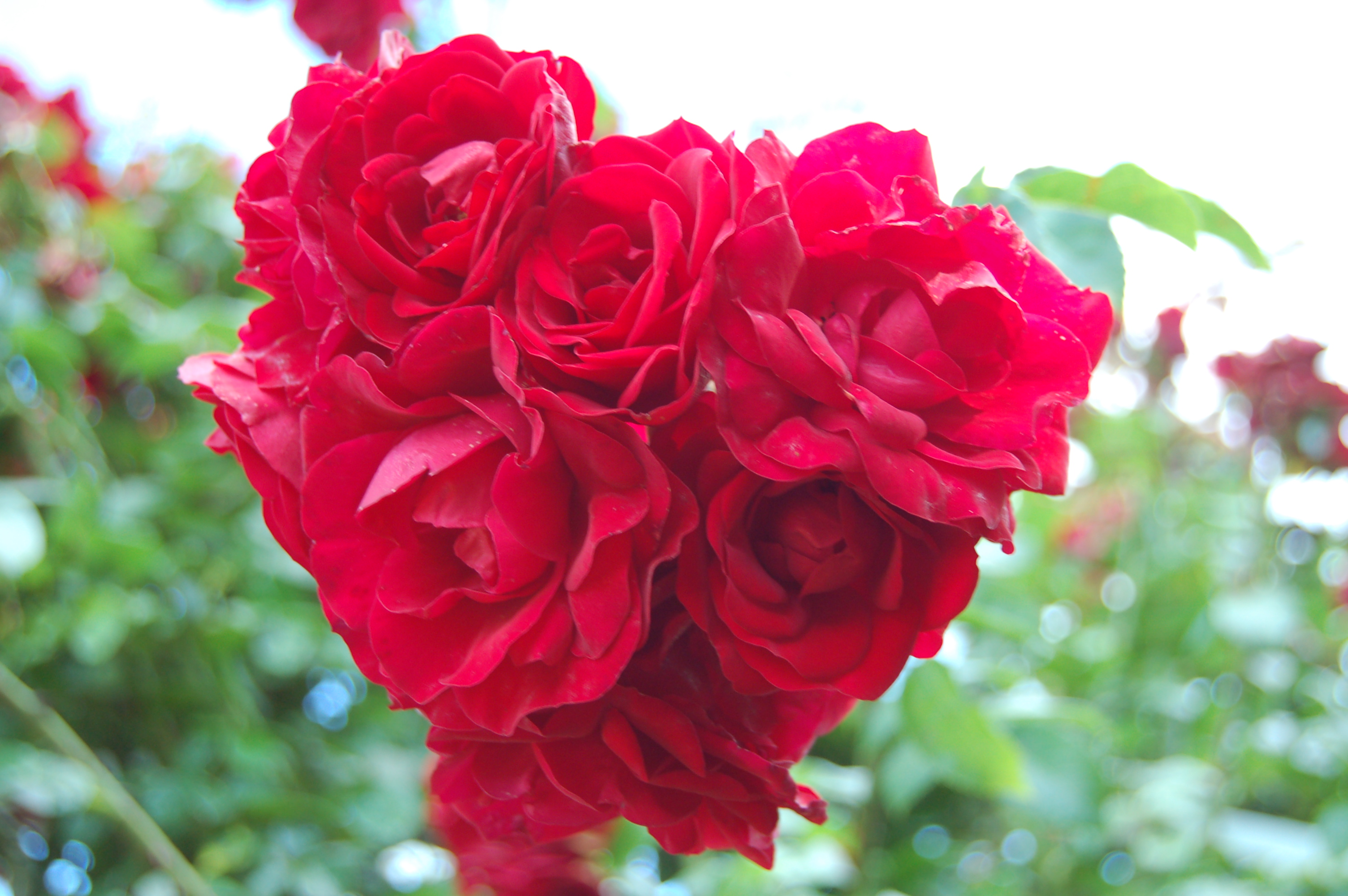
‘Amadeus’, Kordes, 2003
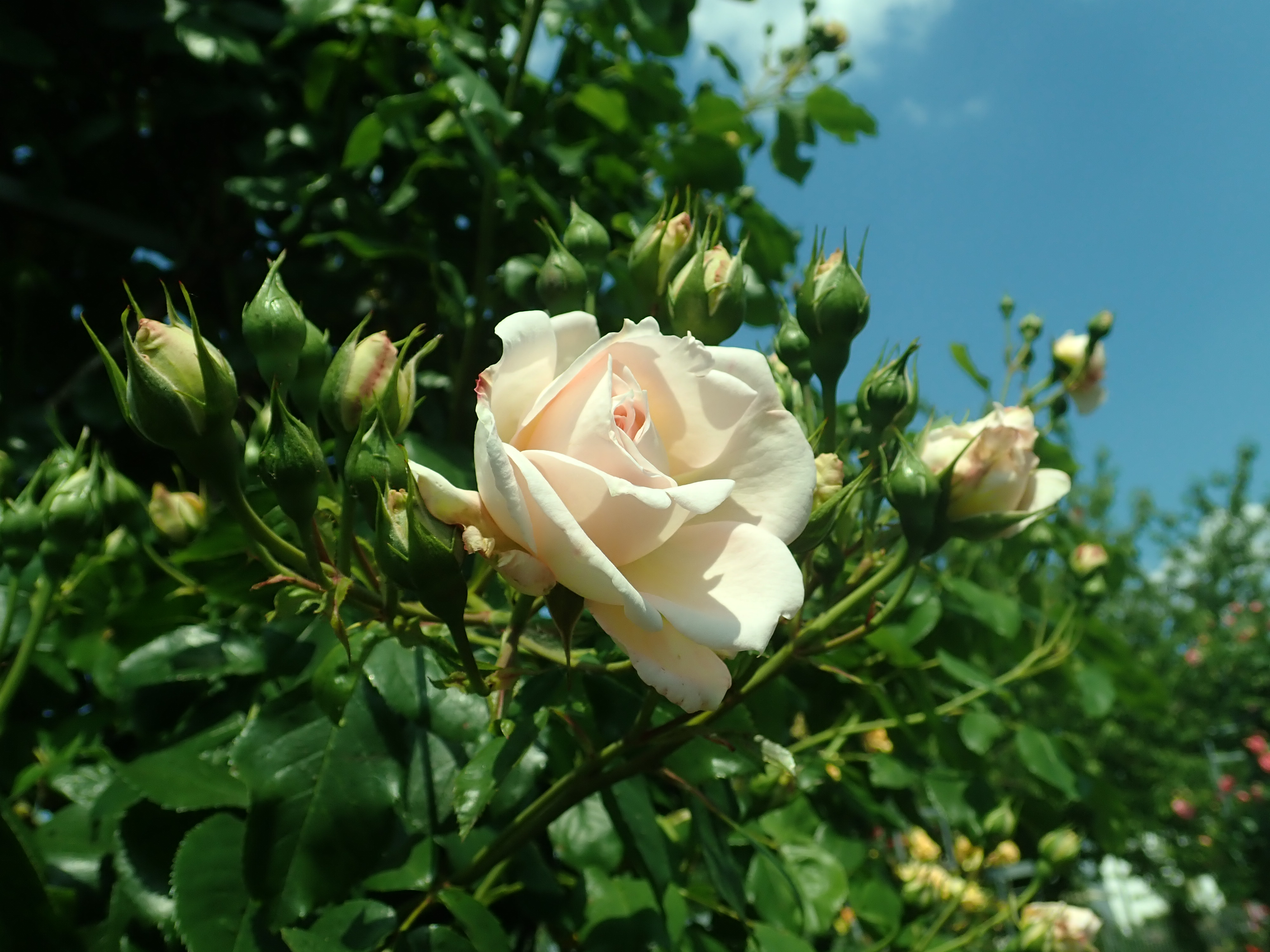
‘Amaretto’, Kordes, 2006
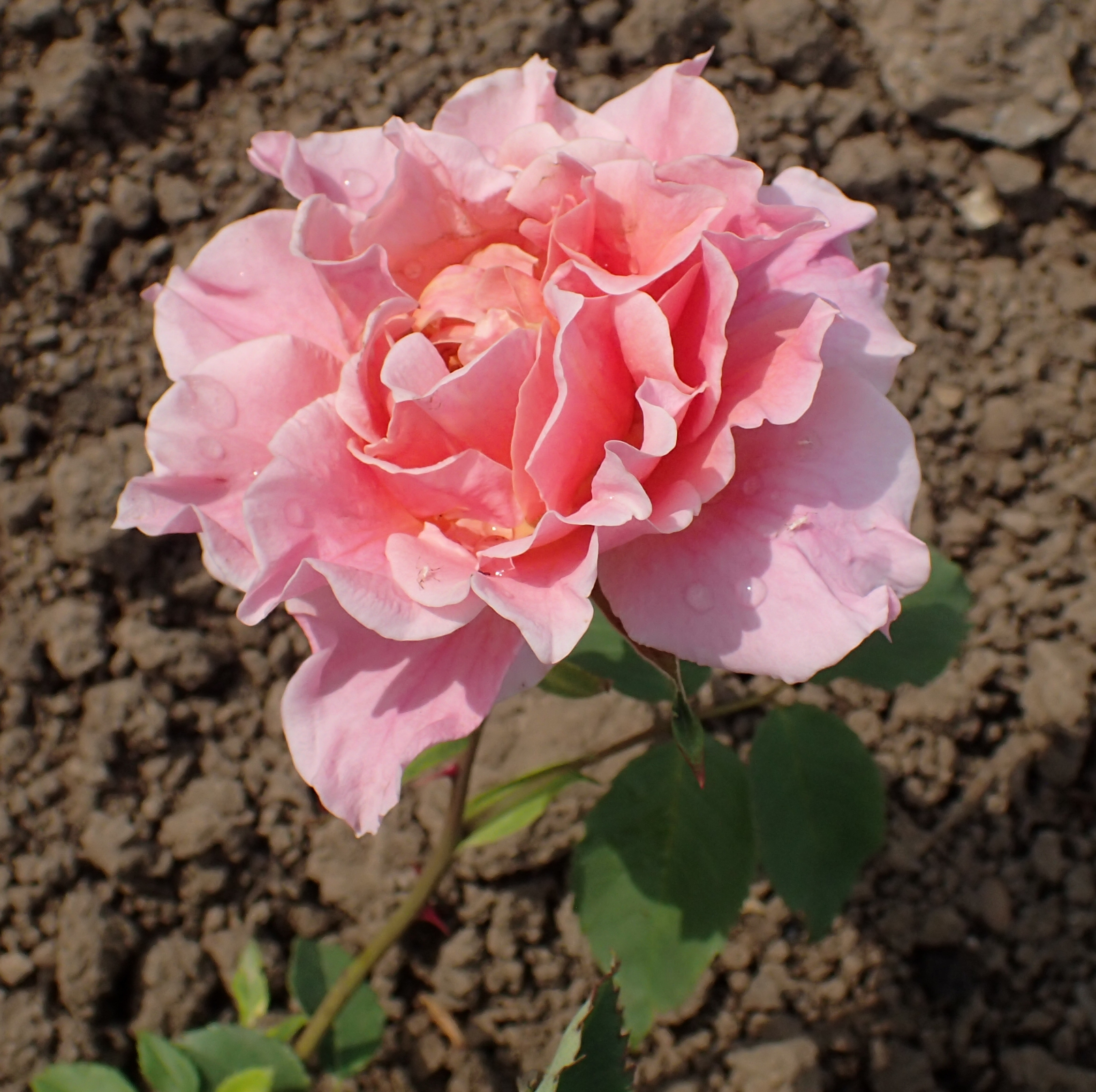
‘Ambassador (1930)’, Hjermind & Weiss/Premier Rose Gardens, 1930
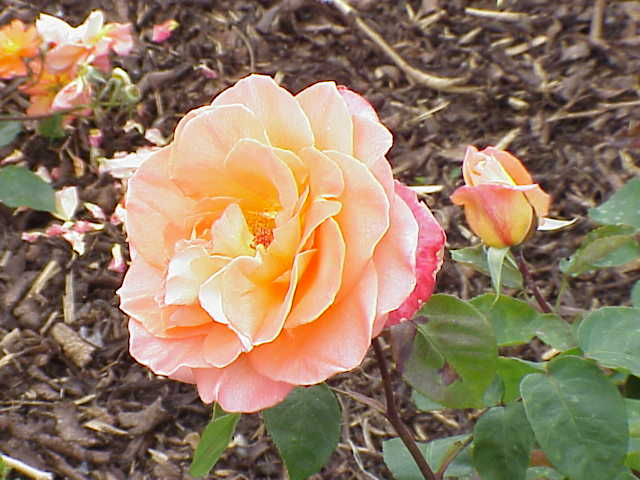
‘Ambassador’, Meilland, 1977
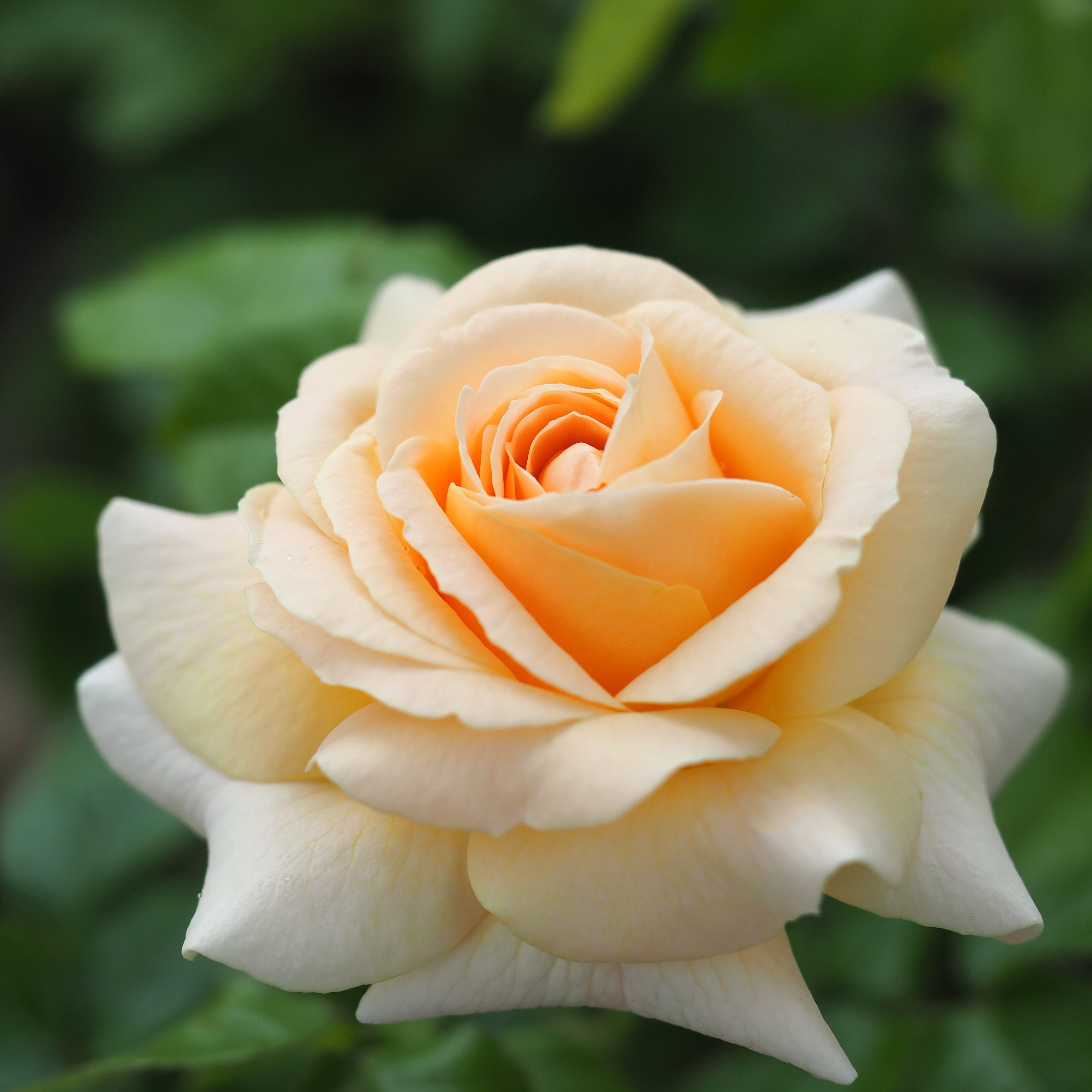
‘Amber Abundance’, Harkness, 2000
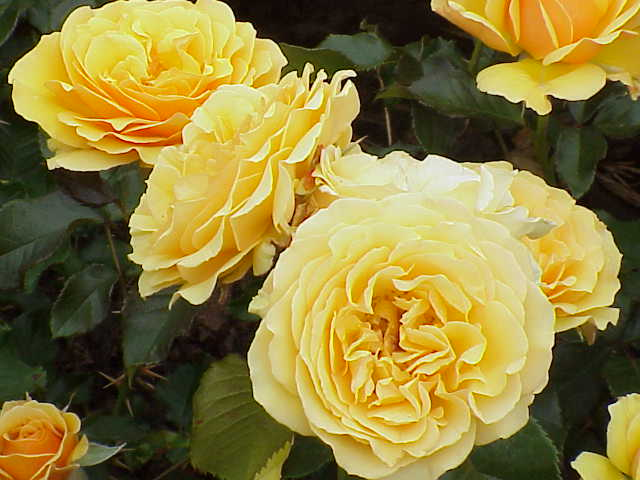
‘Amber Queen’, Harkness, 1984
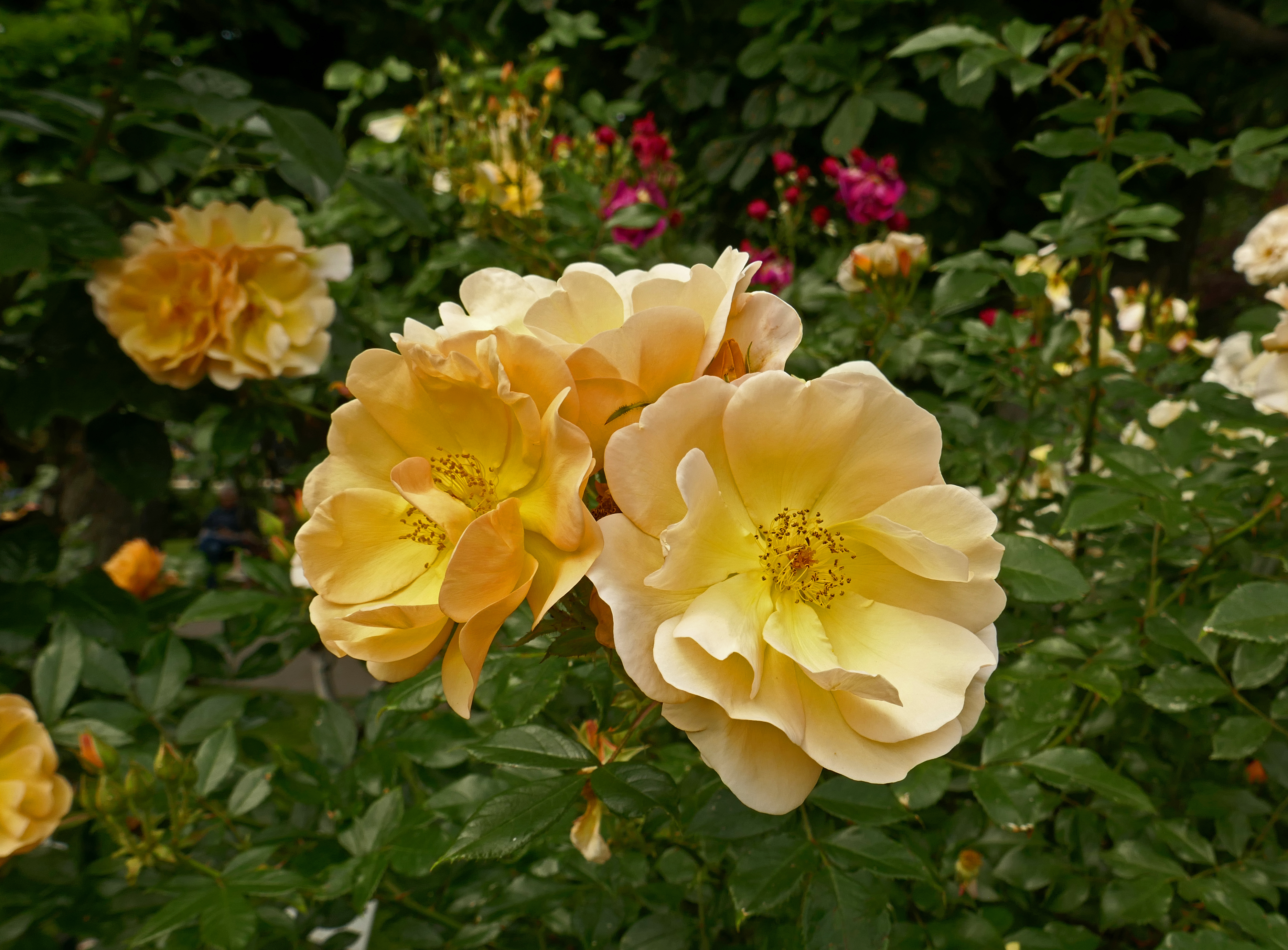
‘Amber Sun’, Kordes, 2005
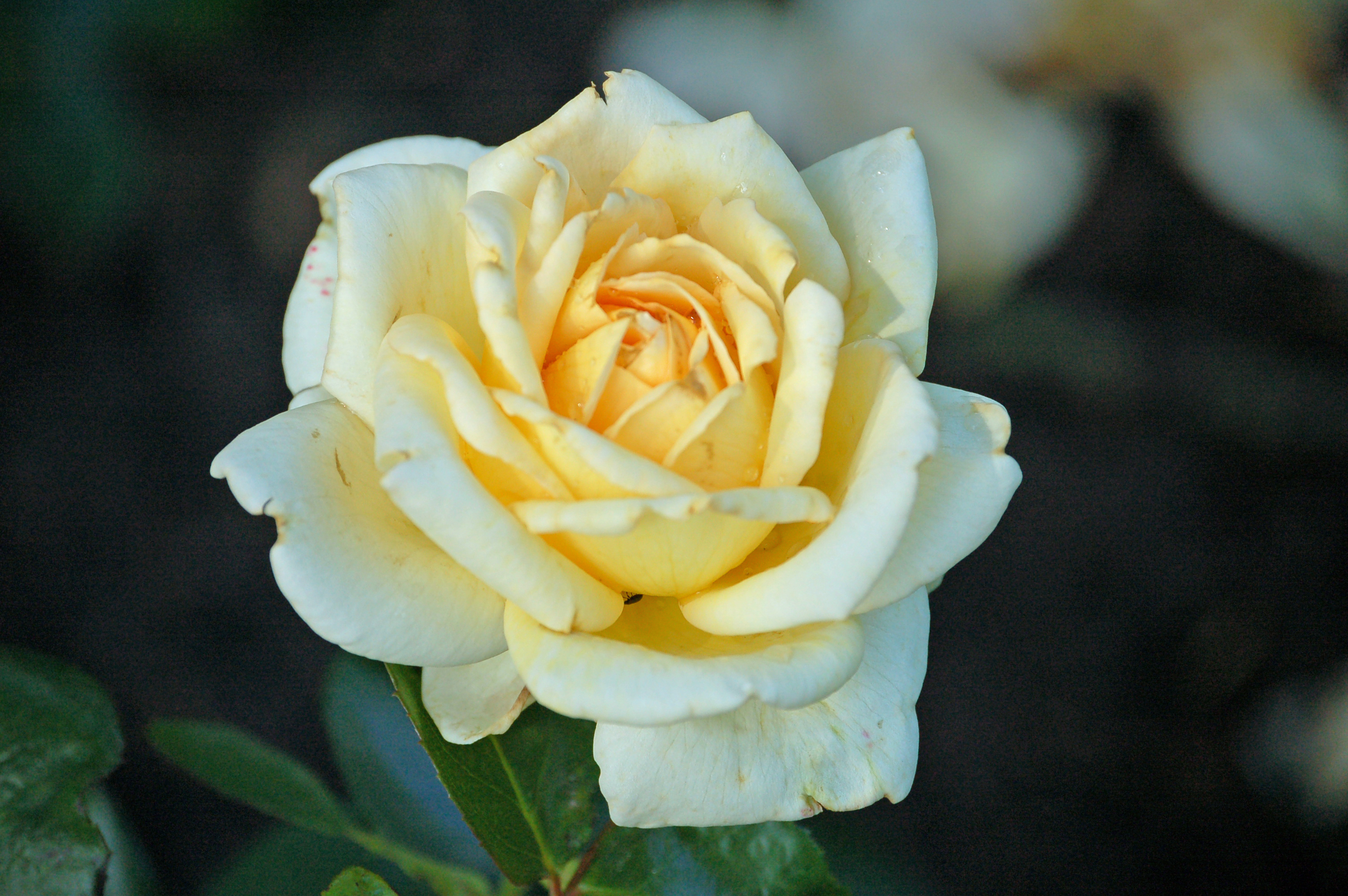
‘Ambiente’, Noack, 2001
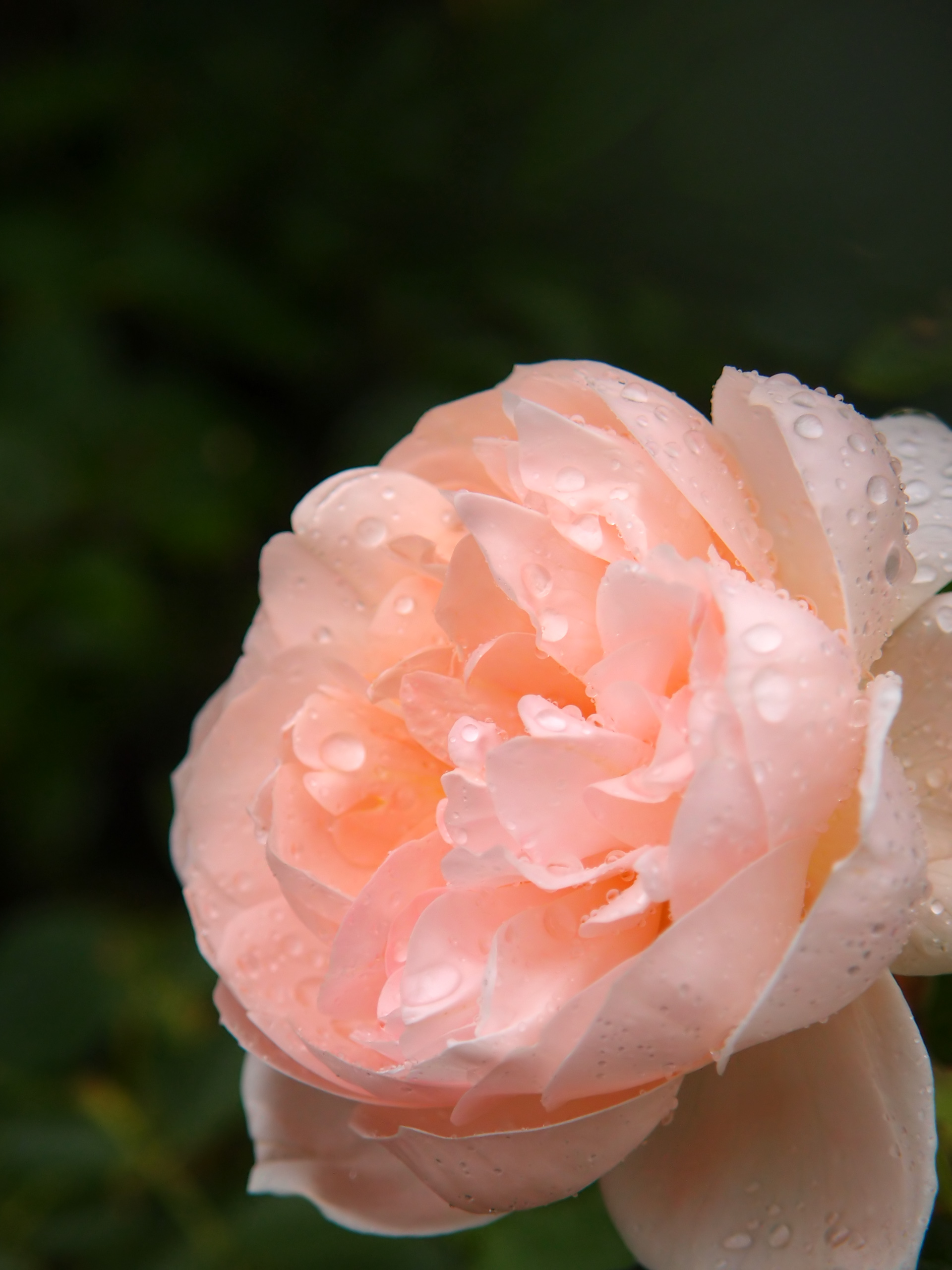
‘Ambridge Rose’, Austin 1990
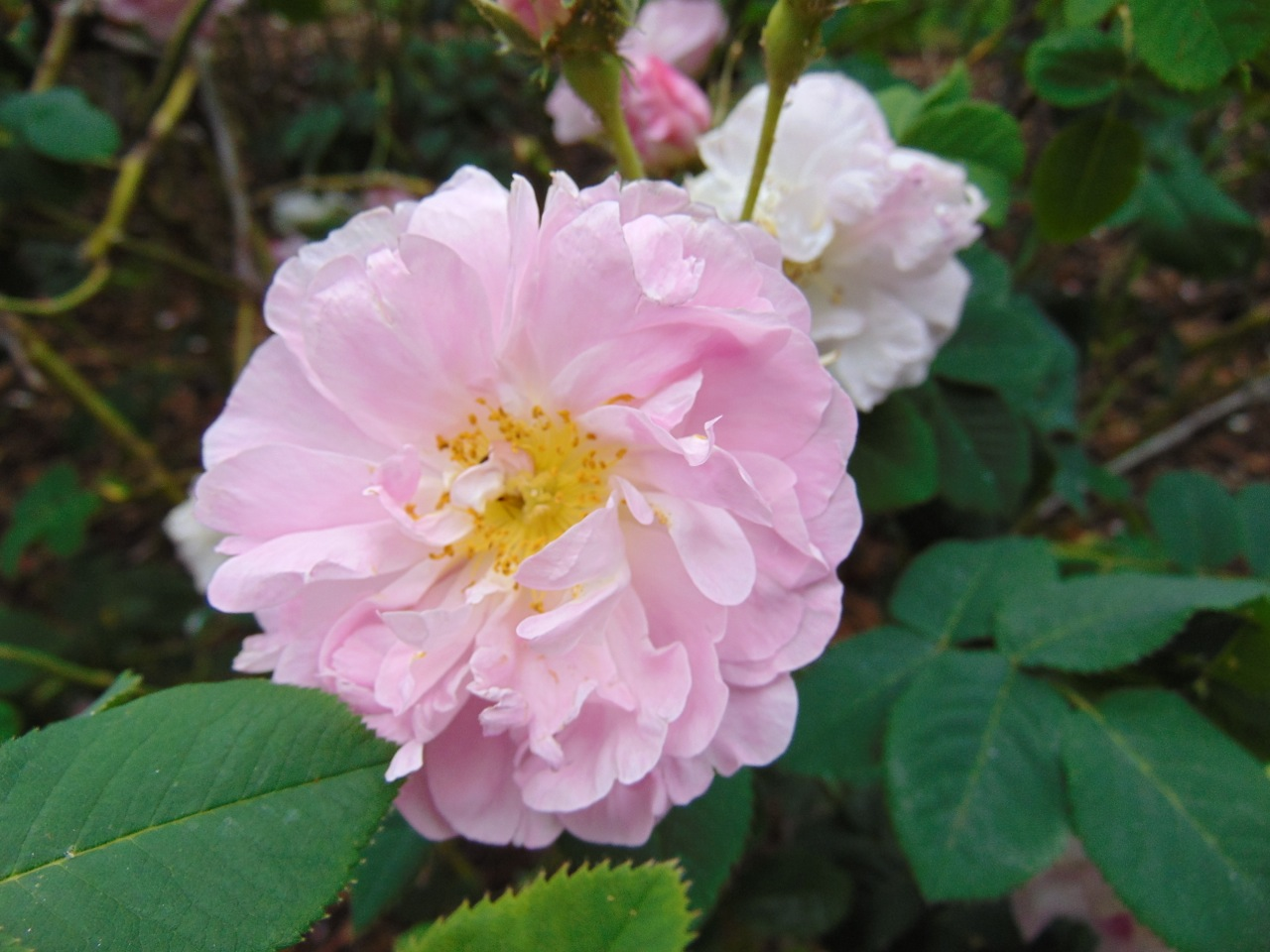
‘Amélia’, Vibert, 1823
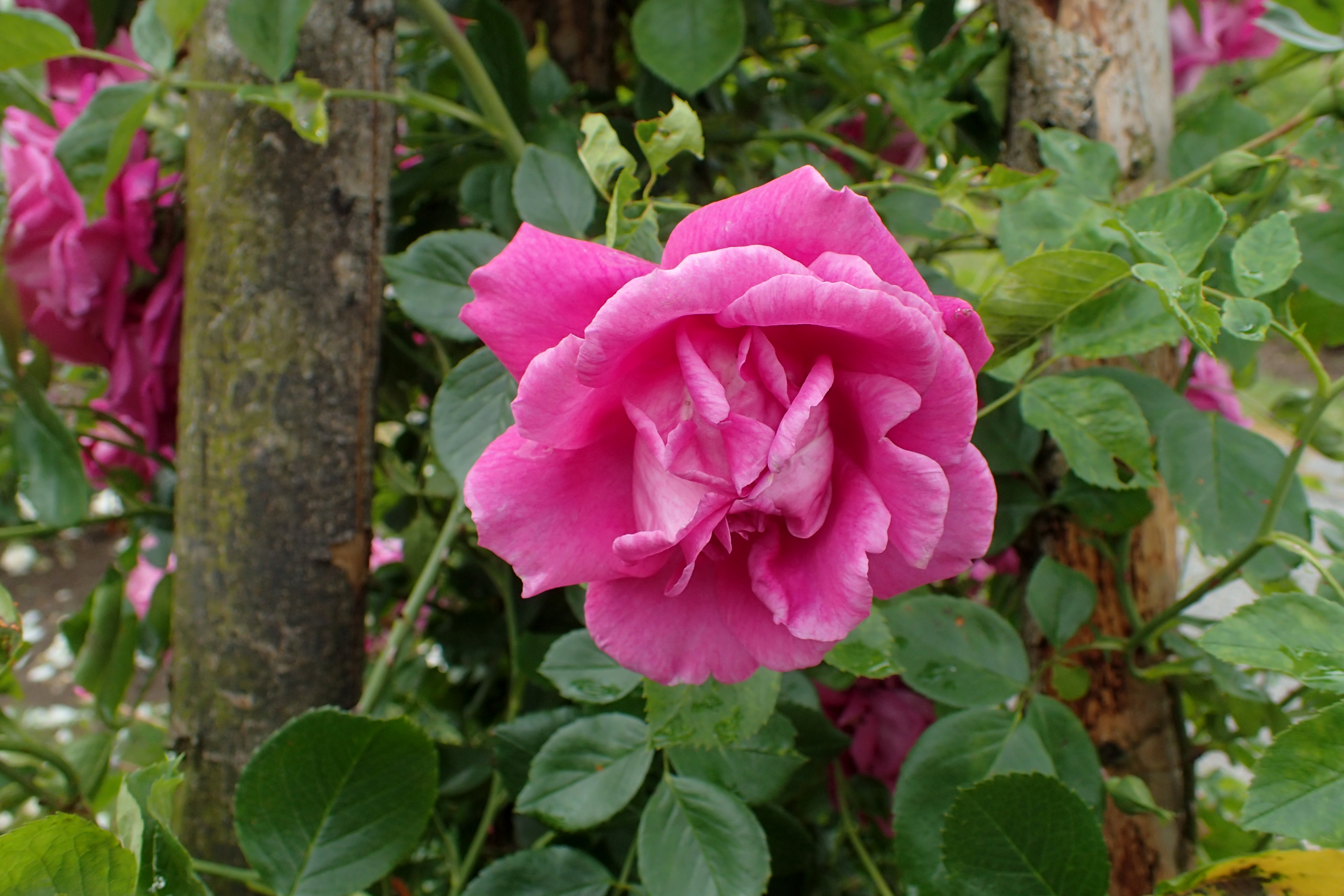
‘American Beauty’, Lédéchaux 1875
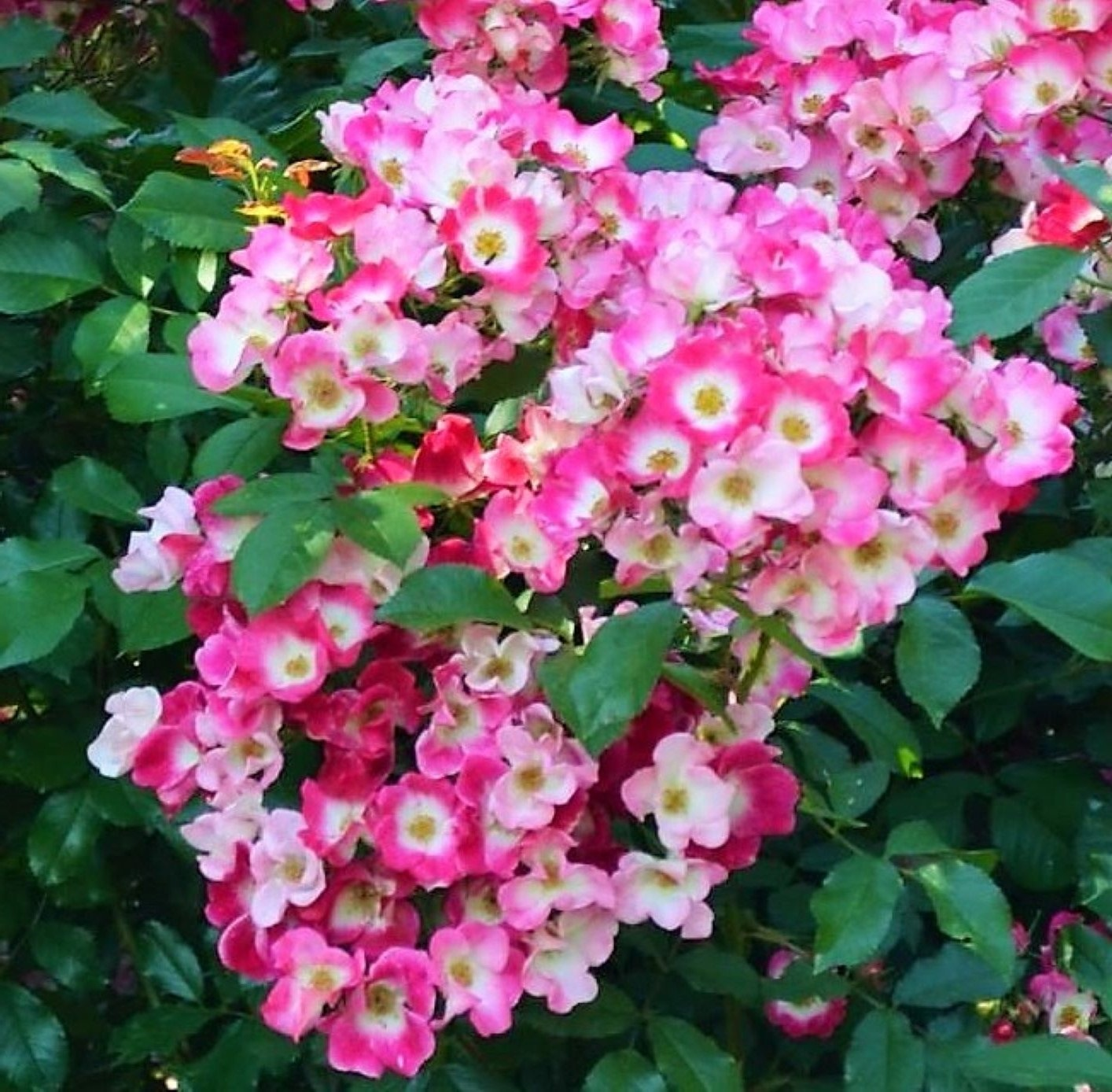
‘American Pillar’, Dr. Walter Van Fleet, 1902
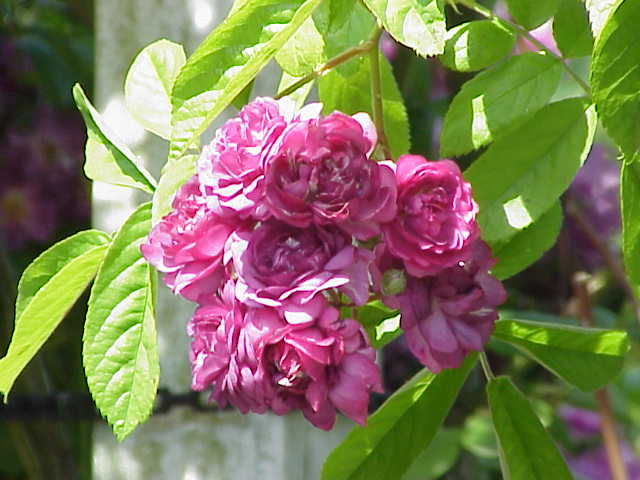
‘Améthyste’, Nonin, 1911
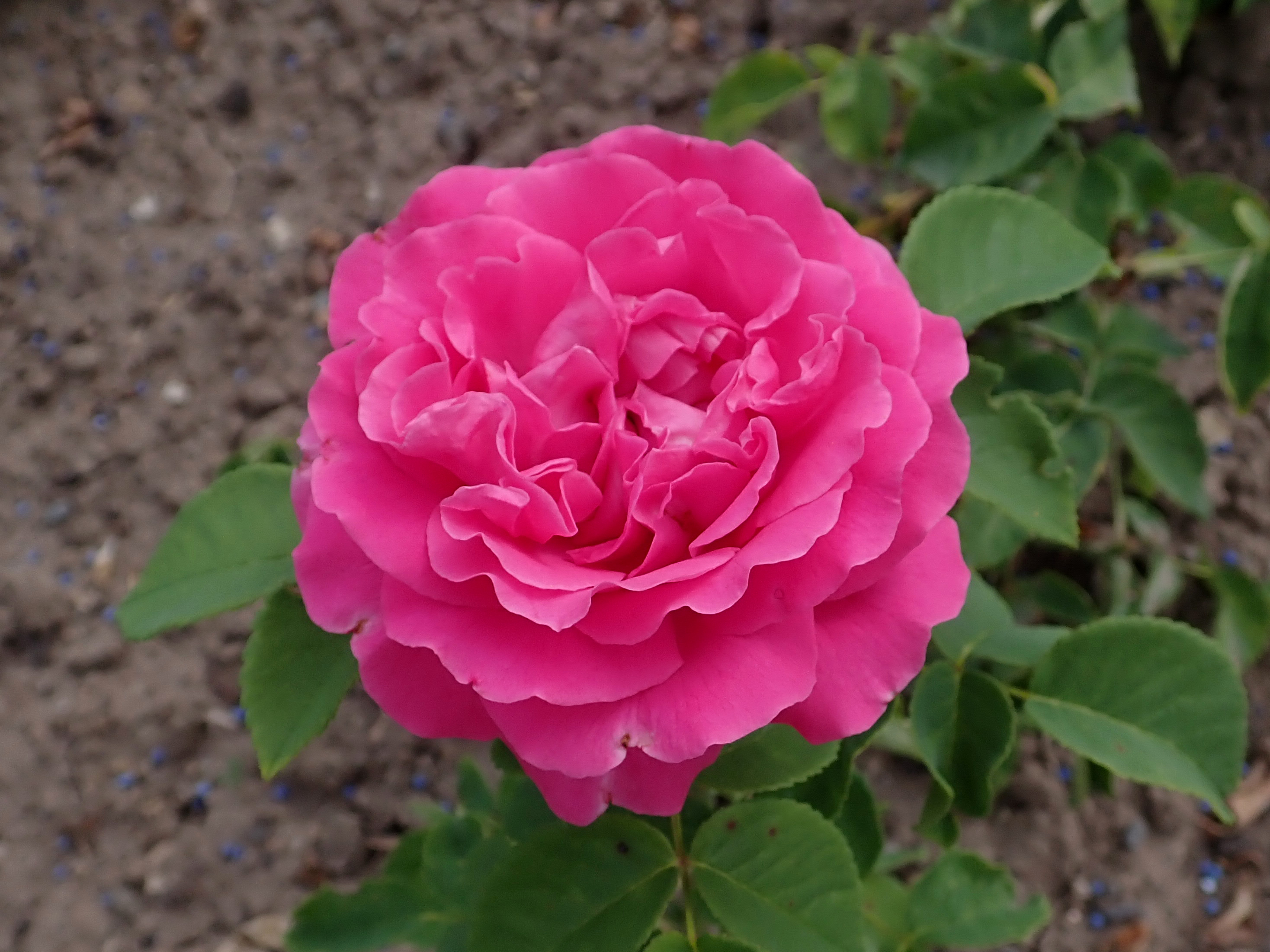
‘Ami Charmet’, Francis Dubreuil, 1900
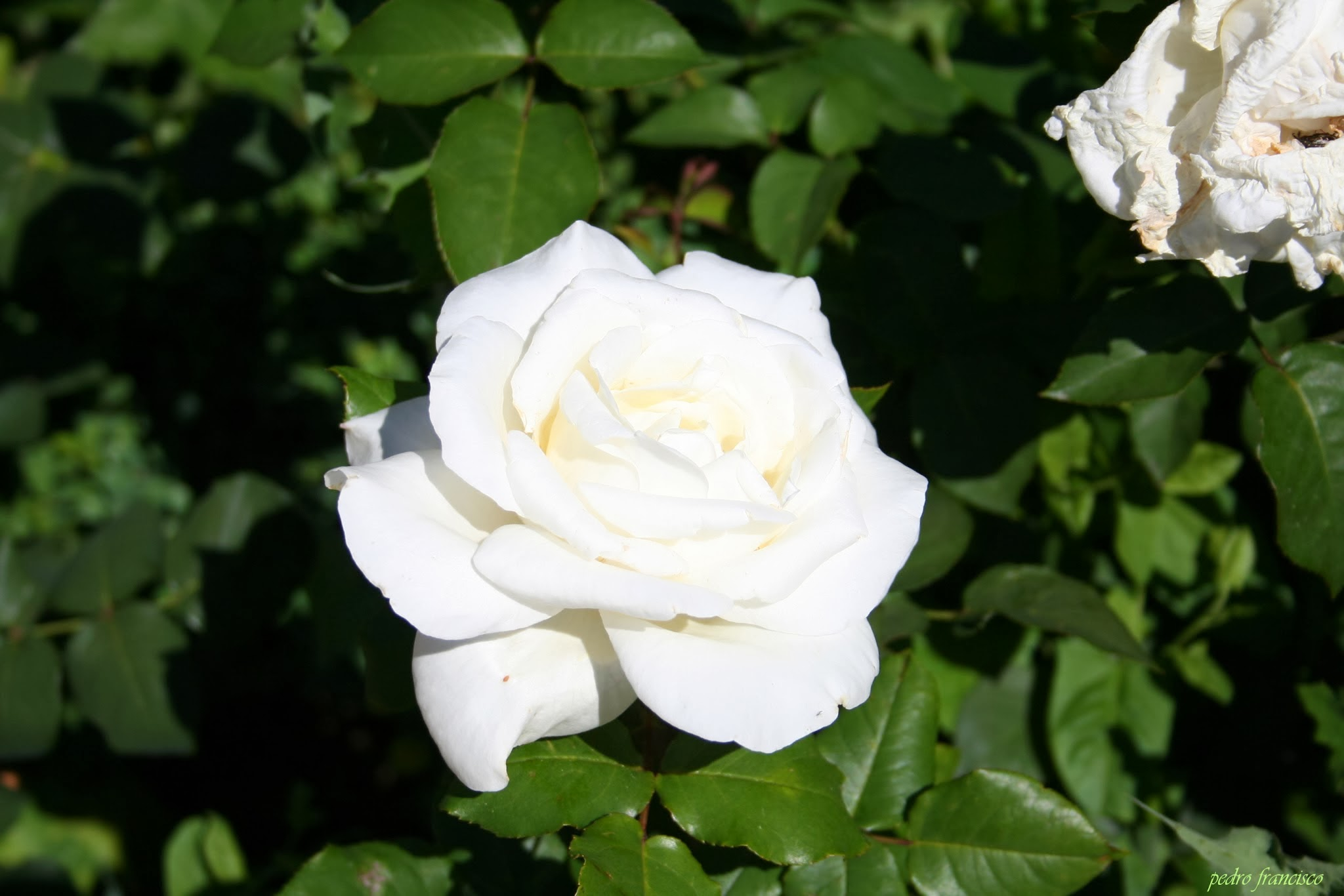
‘Amistad Sincera’, Cebrià Camprubí Nadal, 1957
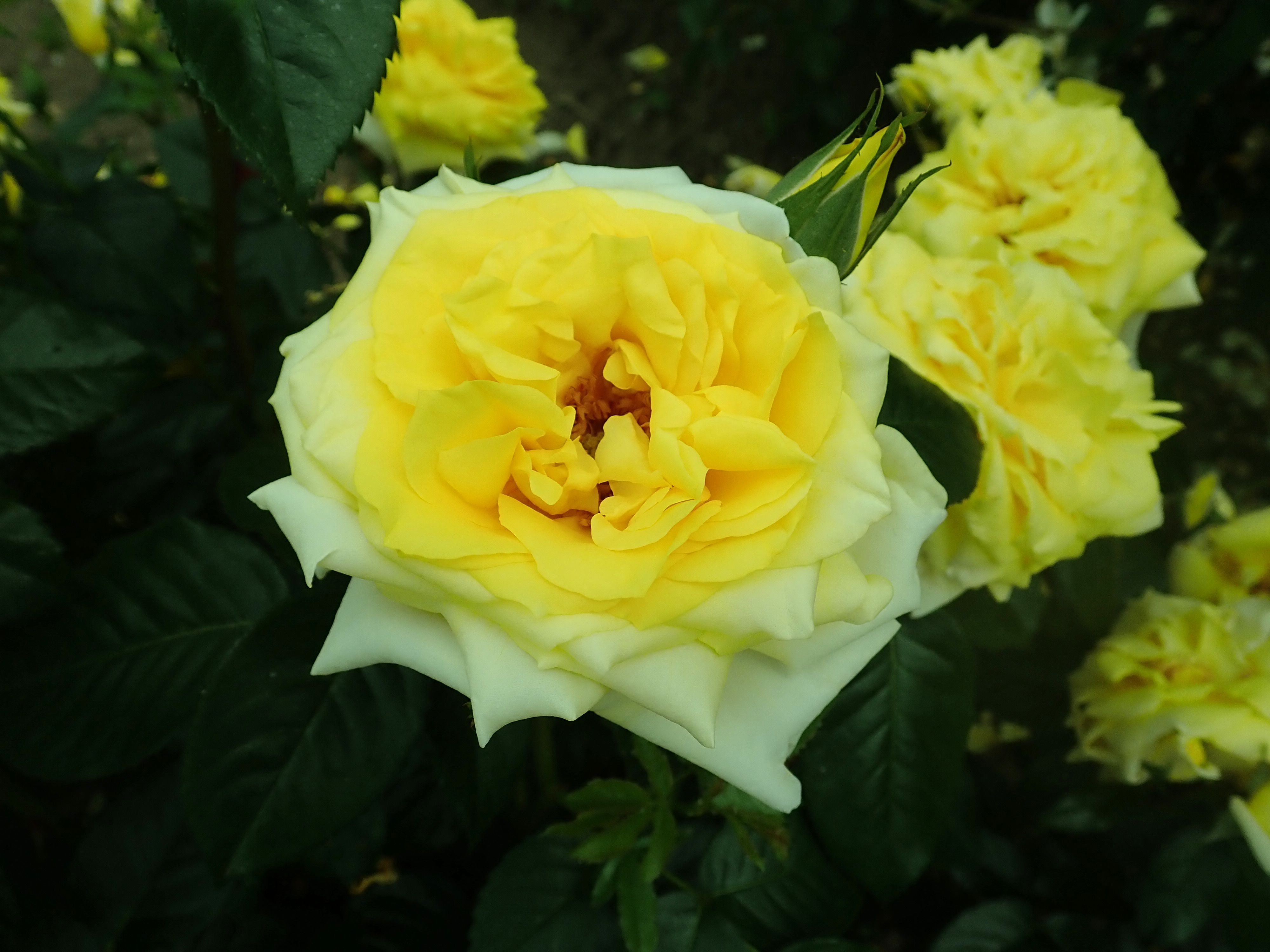
‘Ammerland’, Noack, 1986
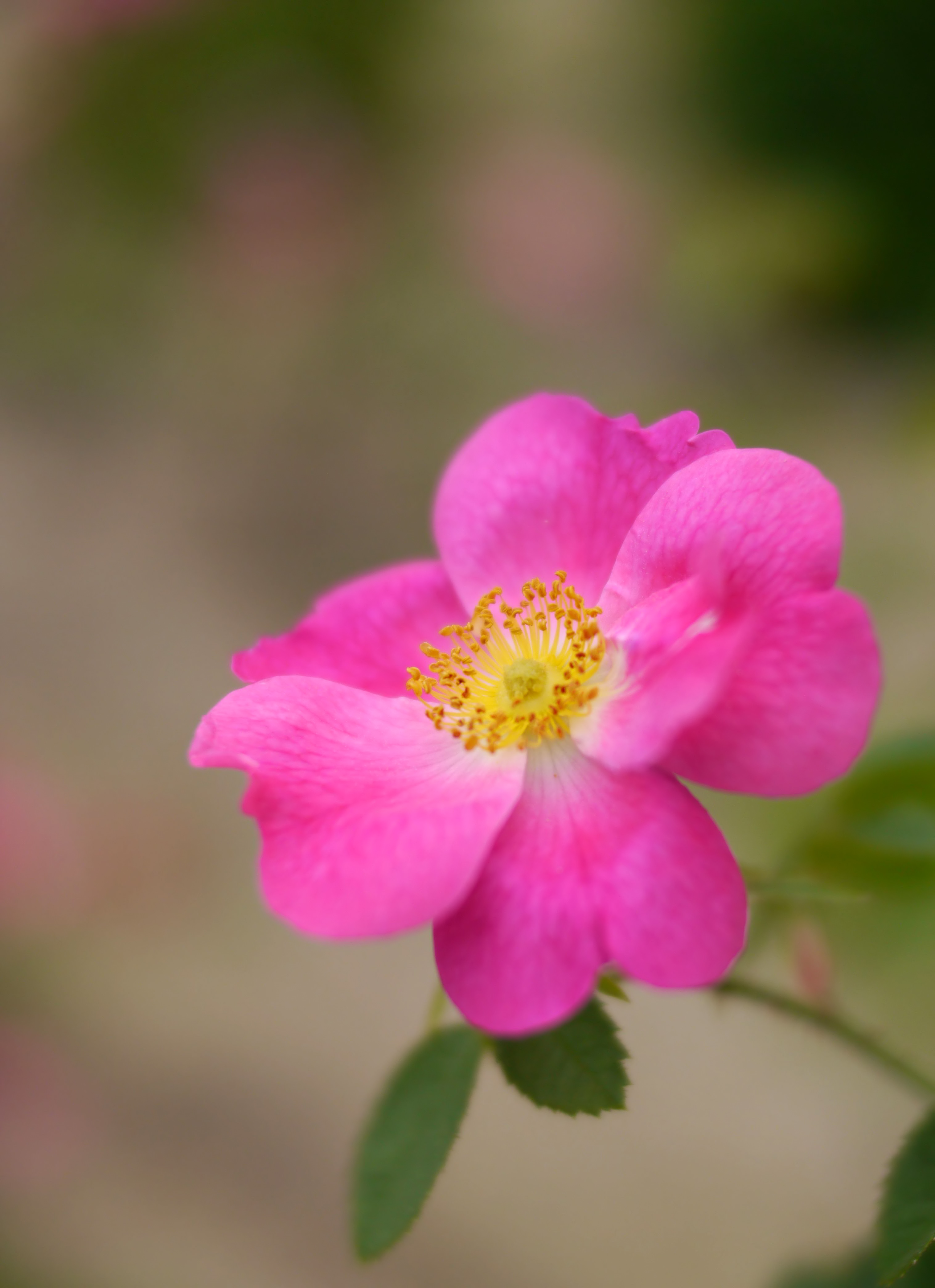
‘Amy Robsart’, Lord Penzance, vor 1894
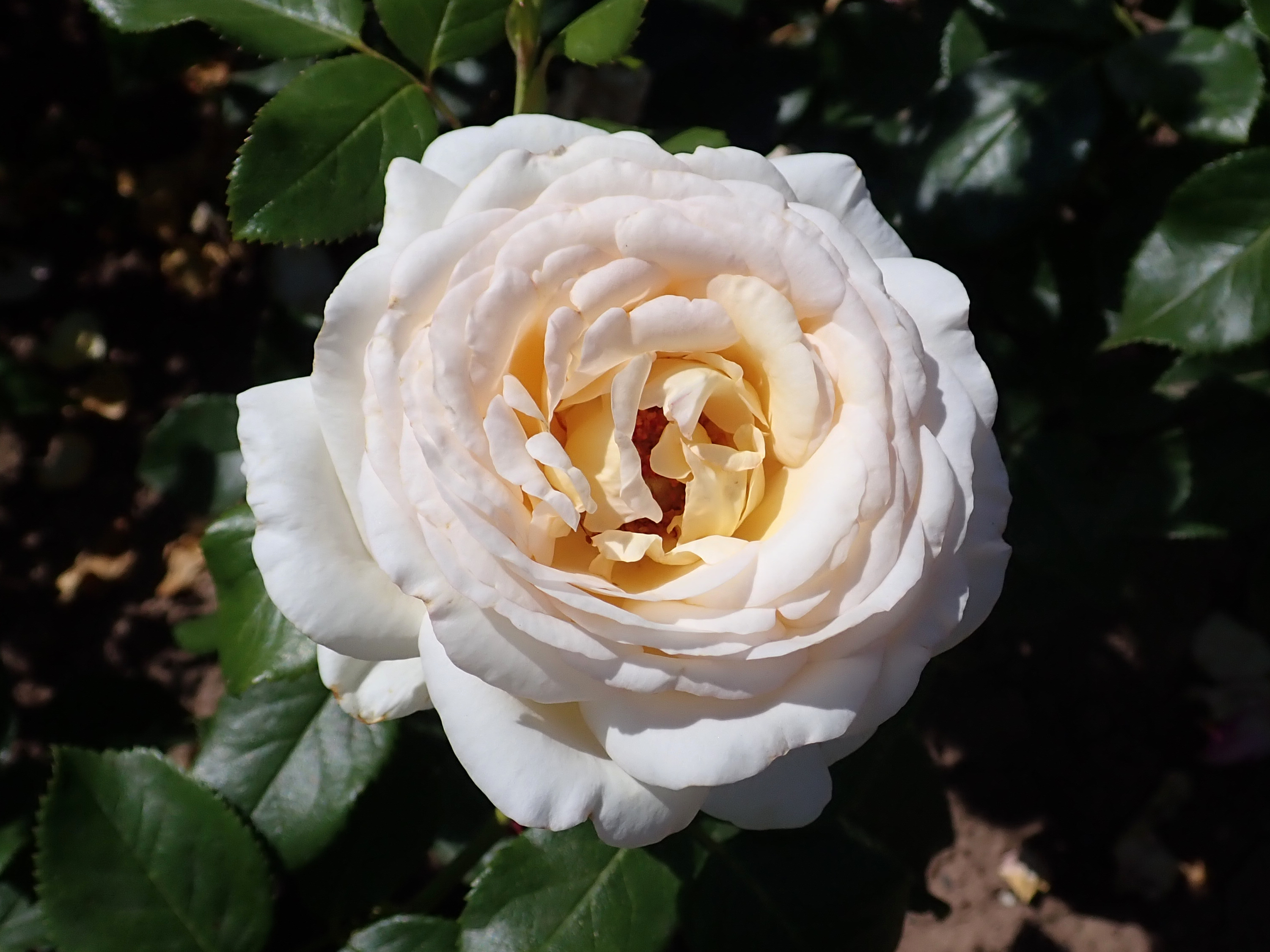
‘Anastasia’, NIRP International, 2001
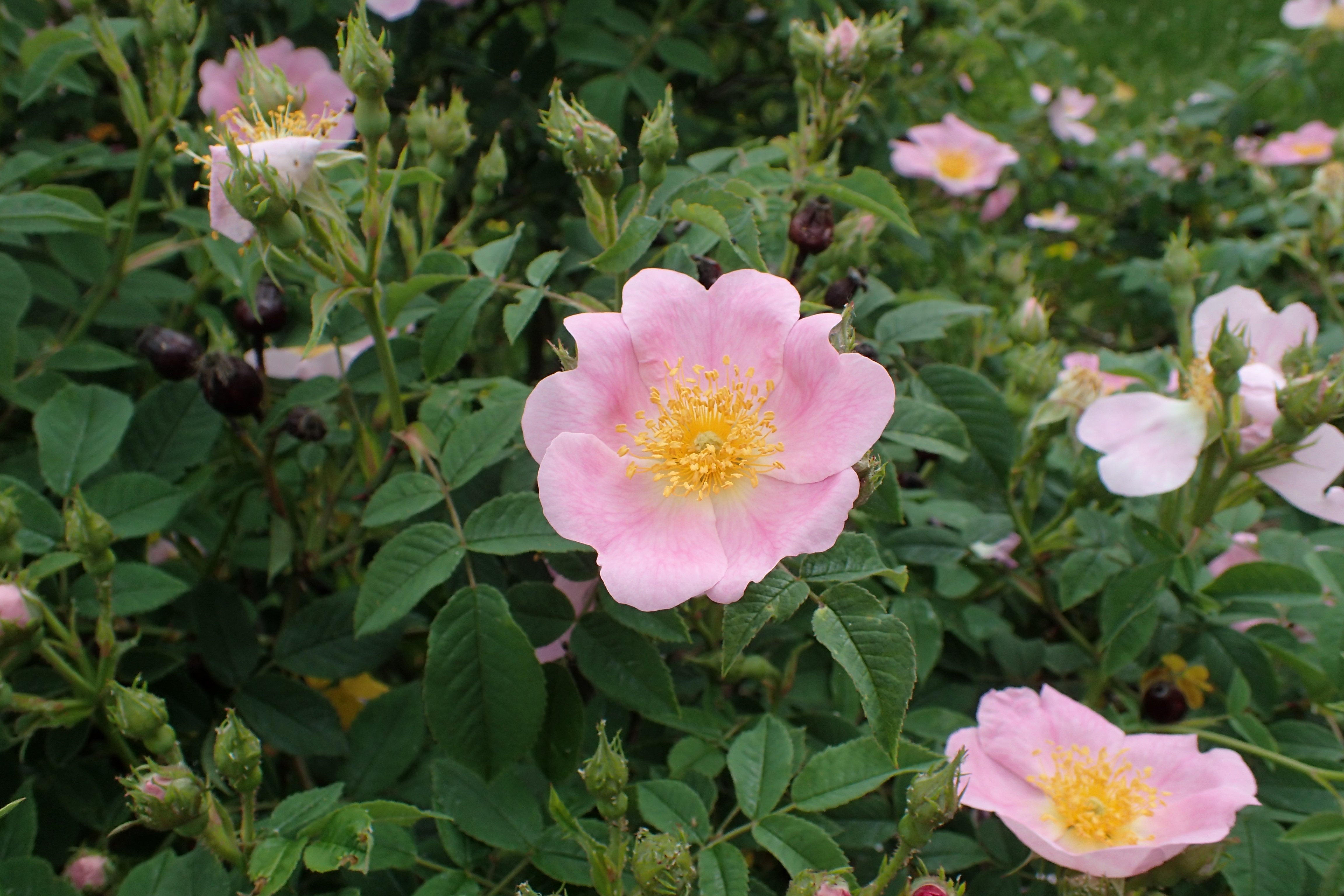
‘Andersonii’, Hillier, 1912
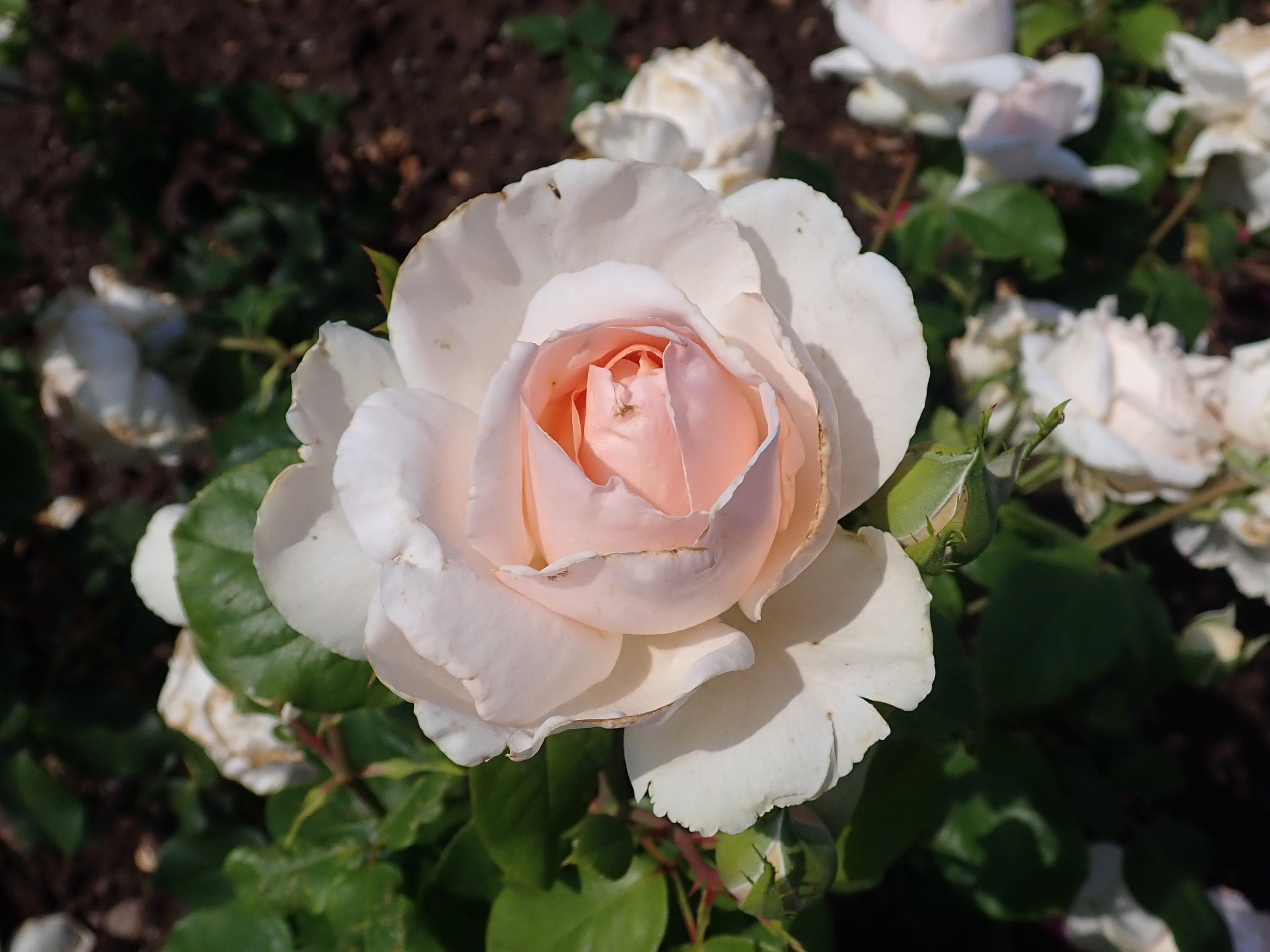
‘André Le Nôtre’, Meilland, 2001
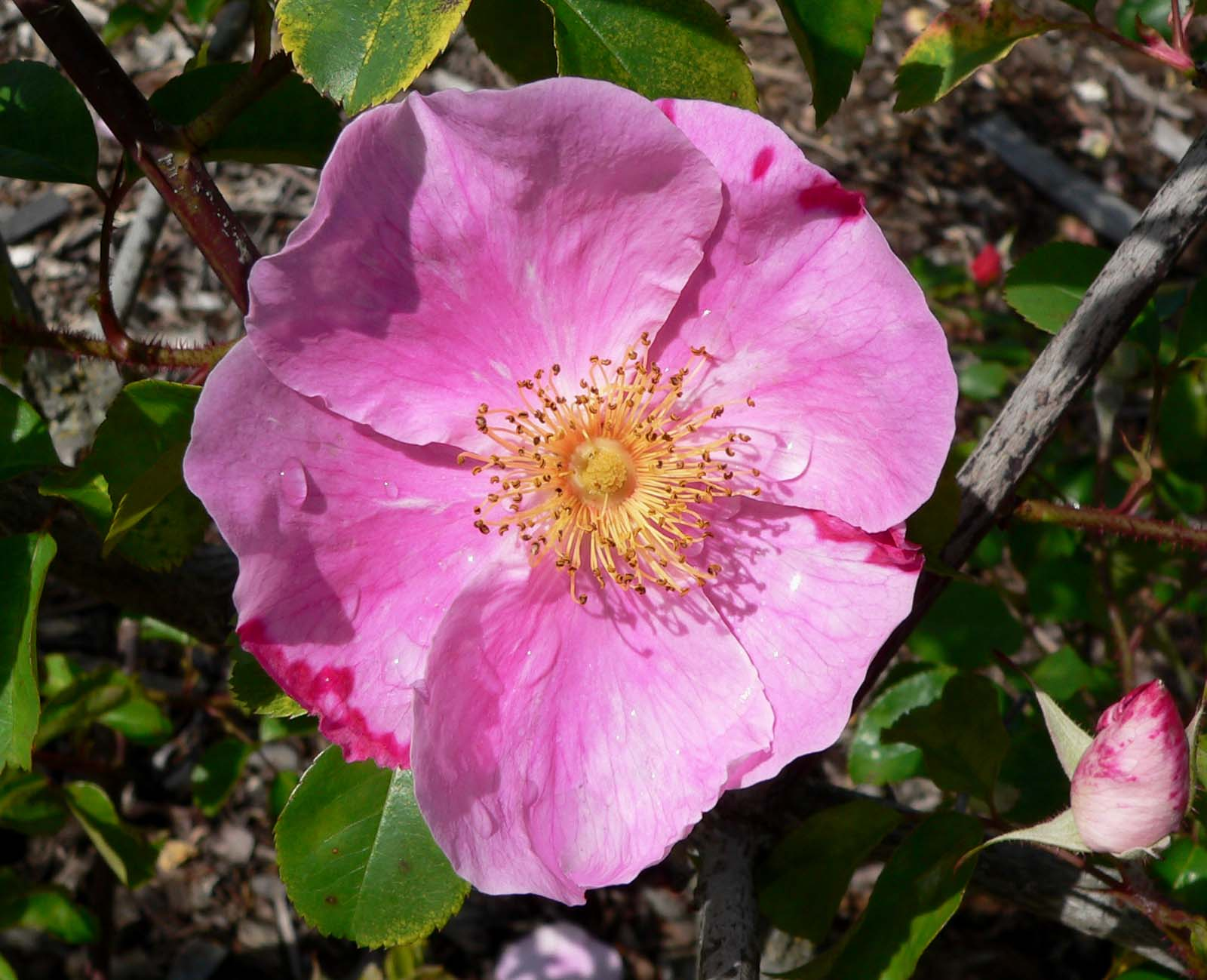
‘Anemone’, J. C. Schmidt, 1896
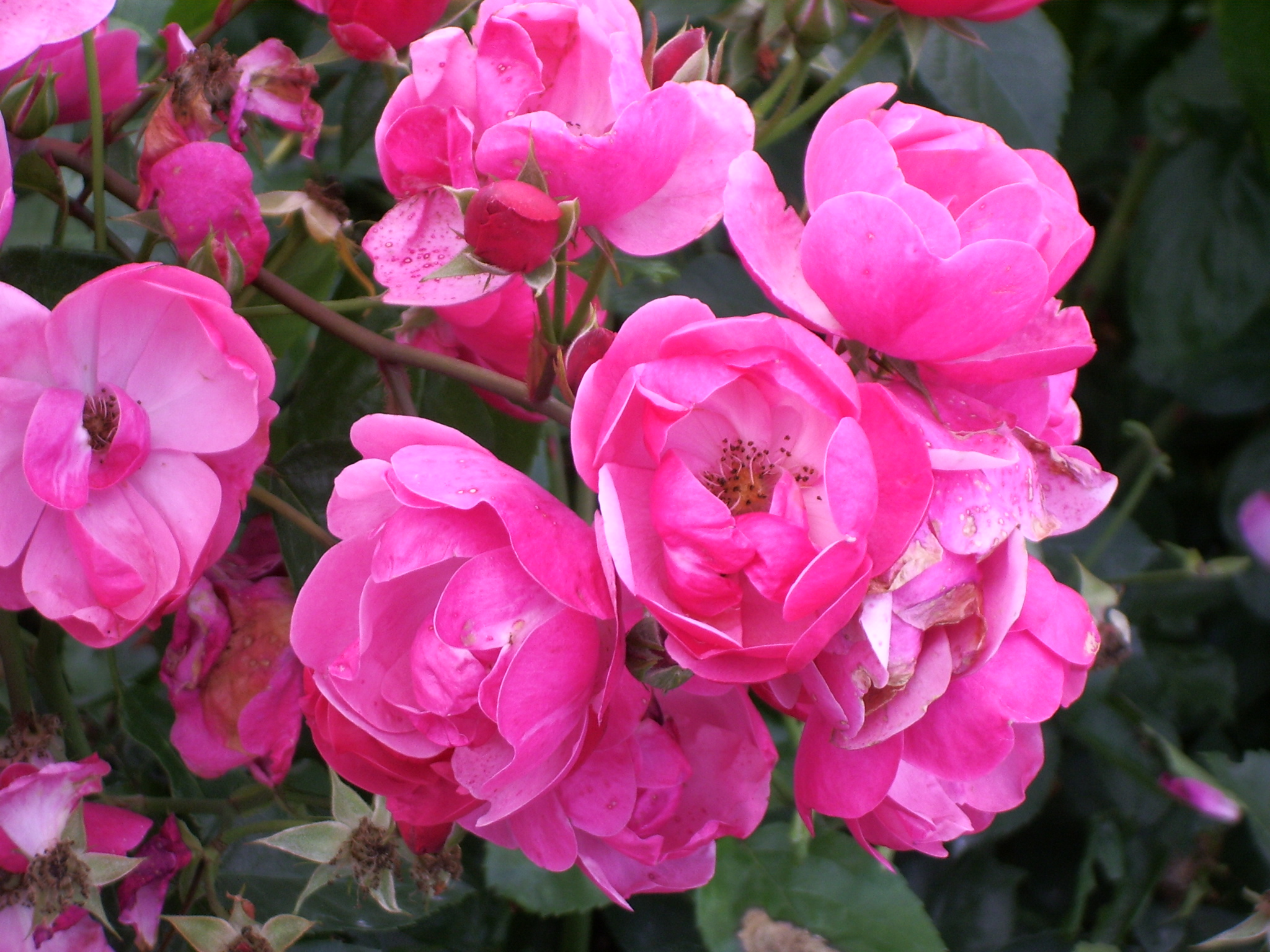
‘Angela’ (syn. Angelika), Kordes, 1984
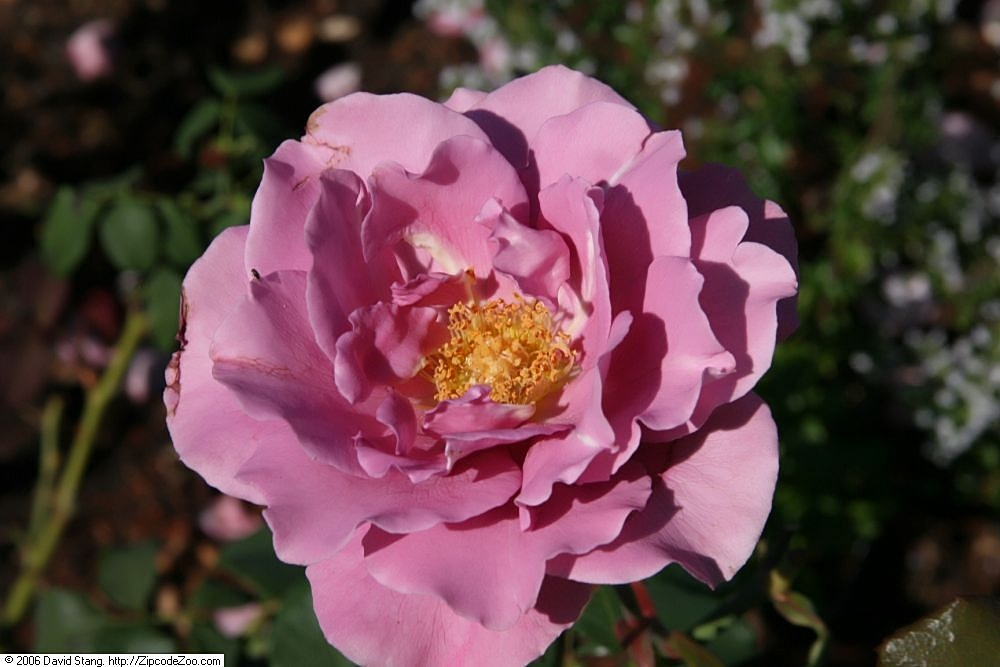
‘Angel Face’, Swim & Weeks, vor 1968
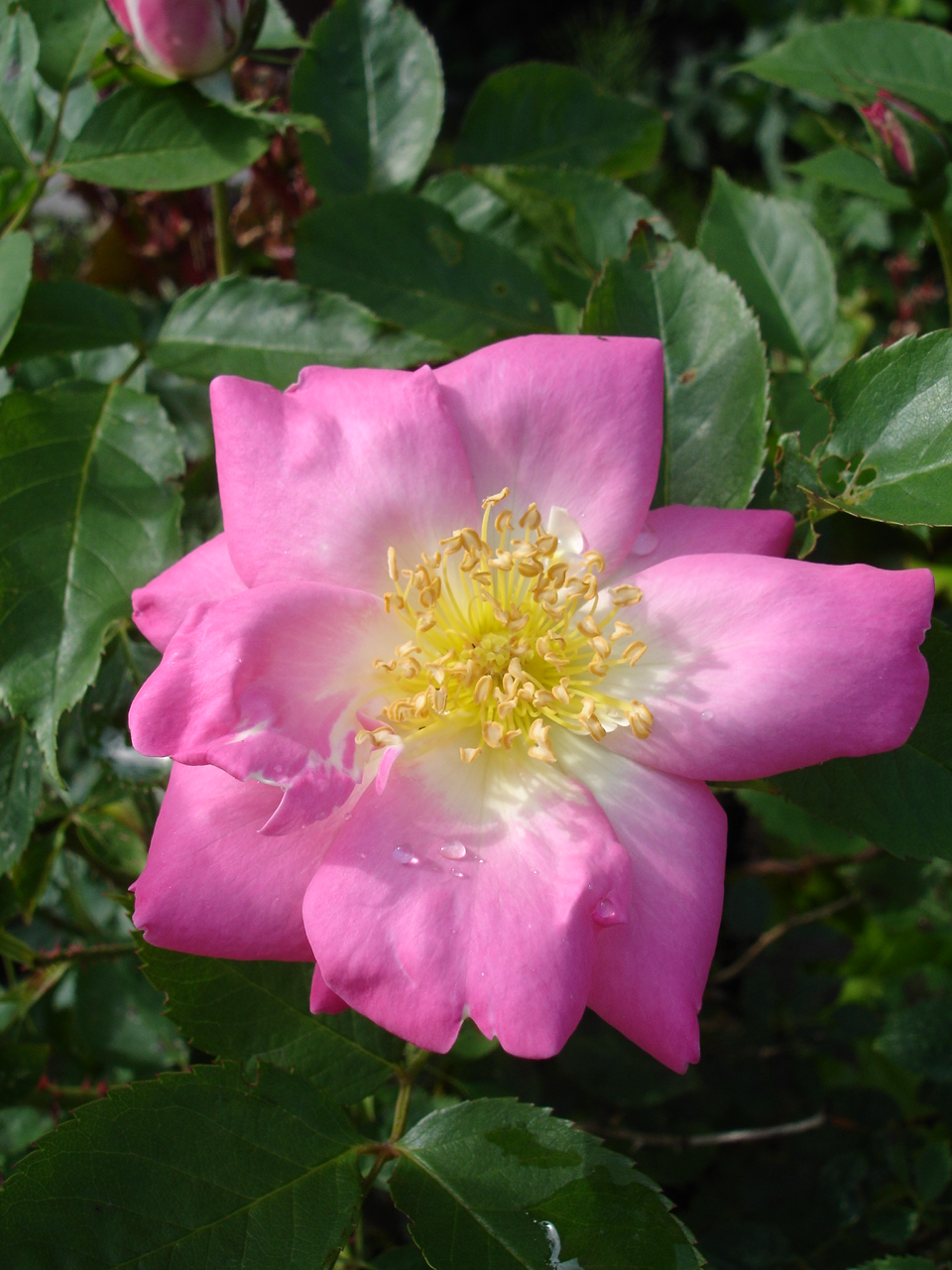
‘Angelina’, Cocker 1976
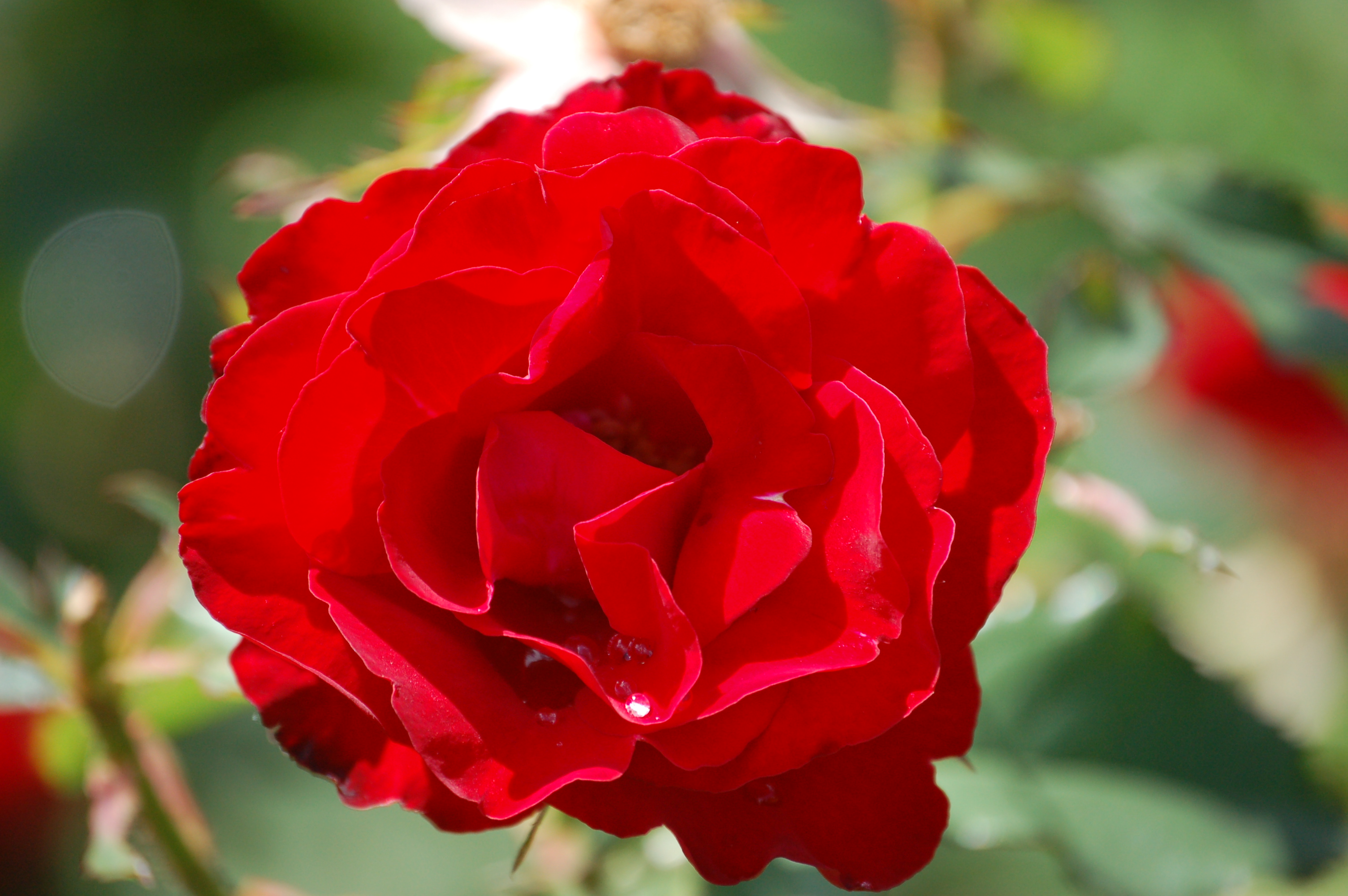
‘Angelique’, Kordes, 1980
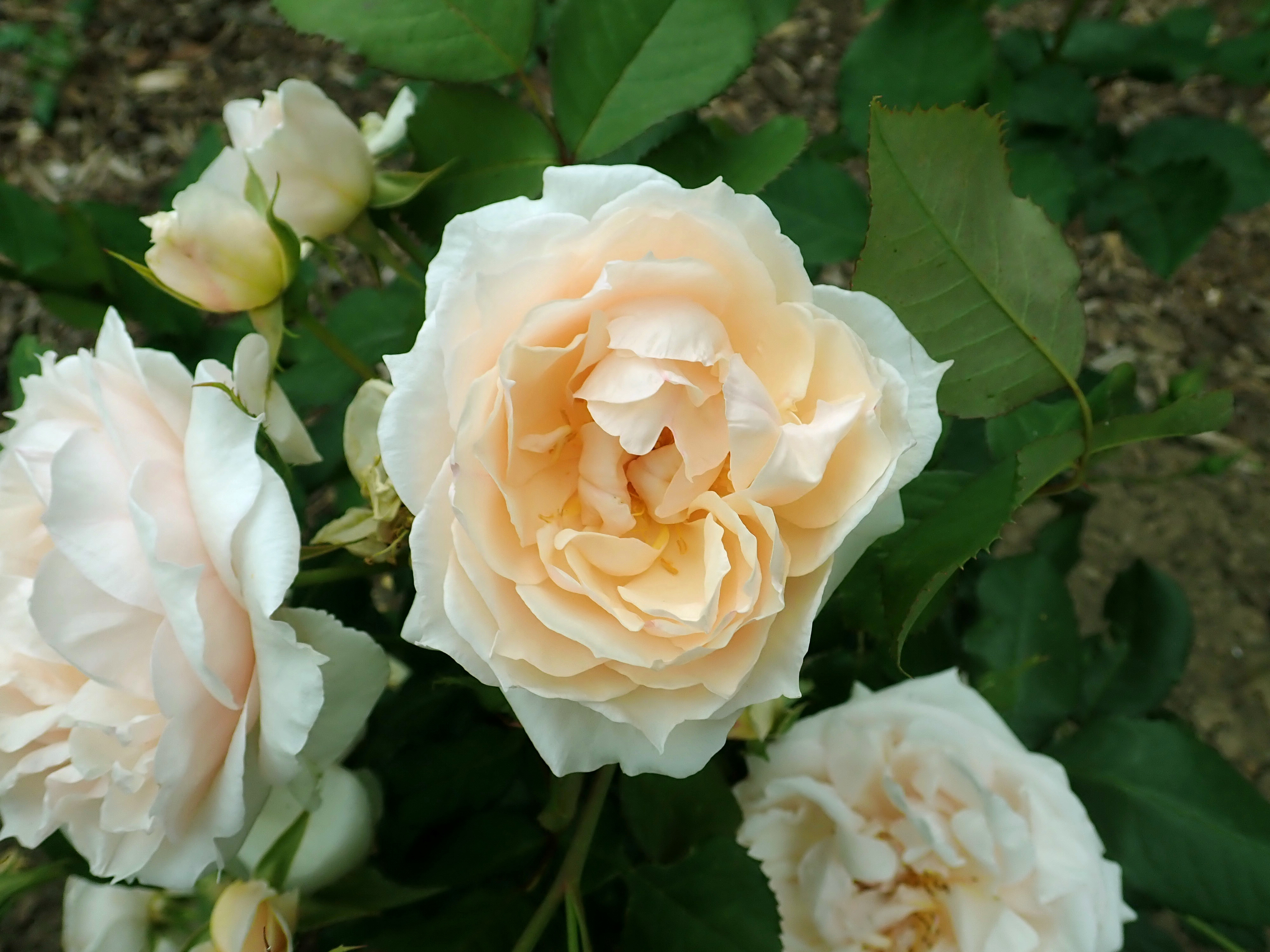
‘Anja’, Ewald Scholle, 1976
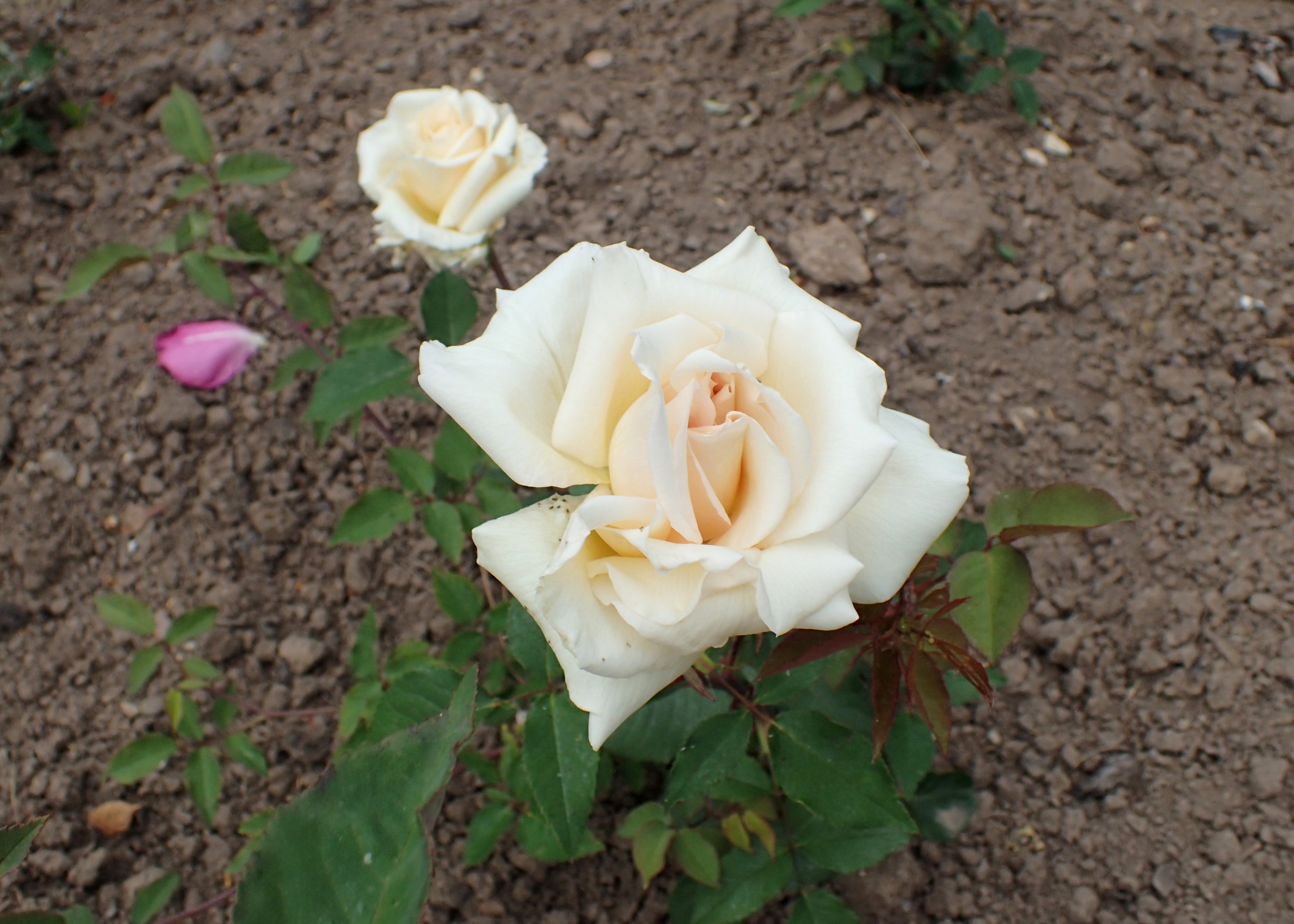
‘Anna Olivier’, Claude Ducher, 1872
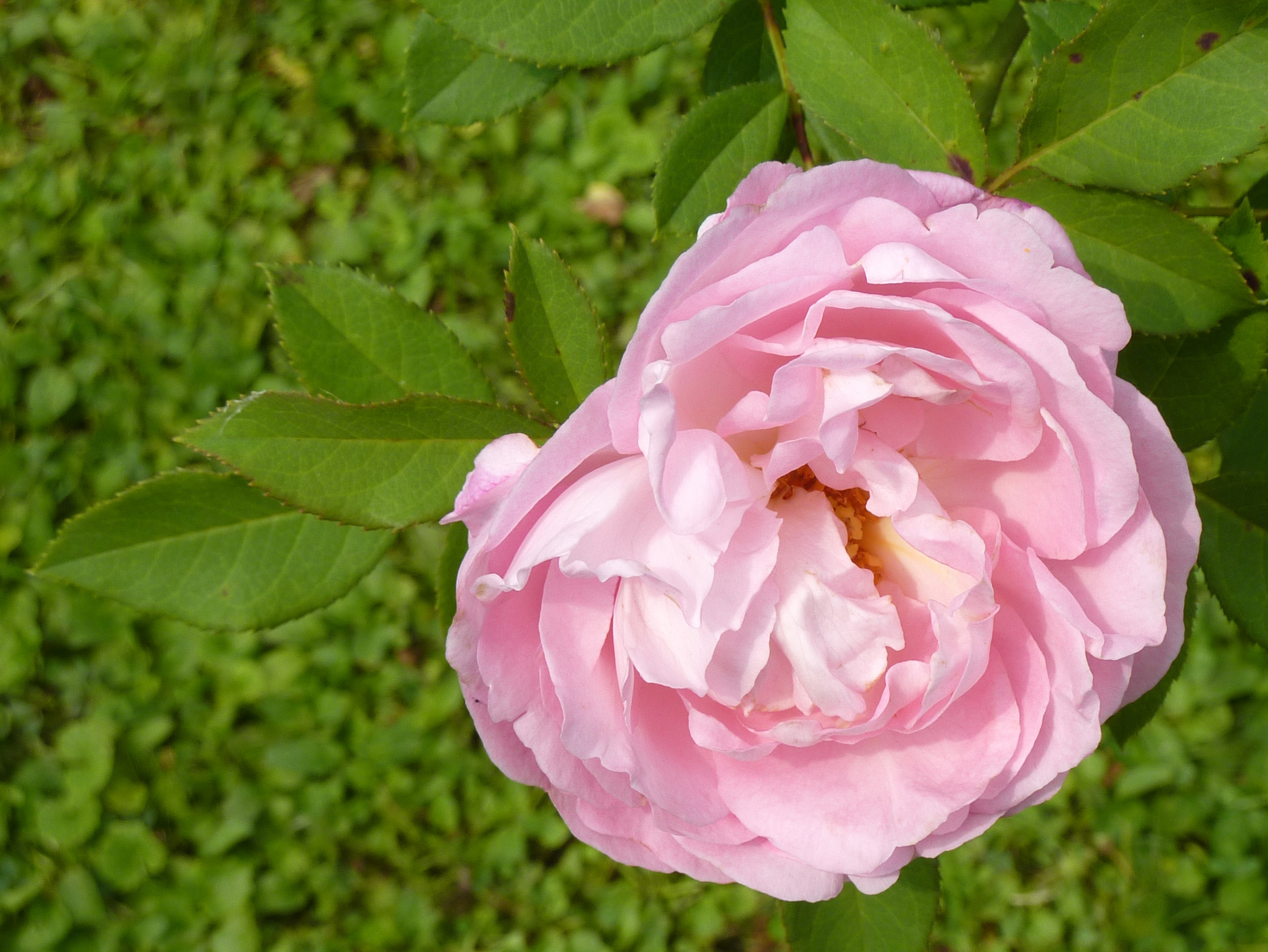
‘Anna Scharsach’, Rudolf Geschwind, 1890
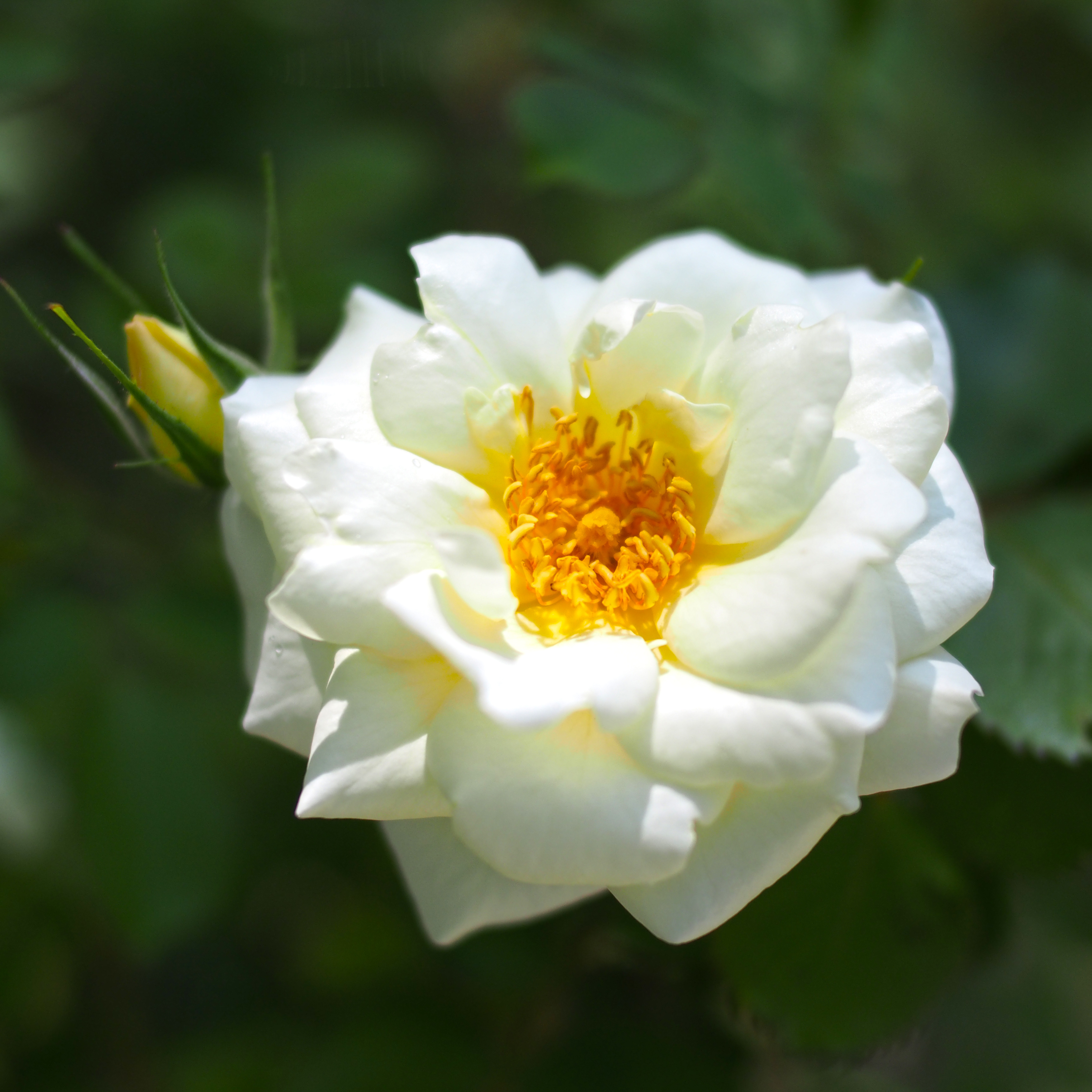
‘Anna Zinkeisen’, Harkness, vor 1981
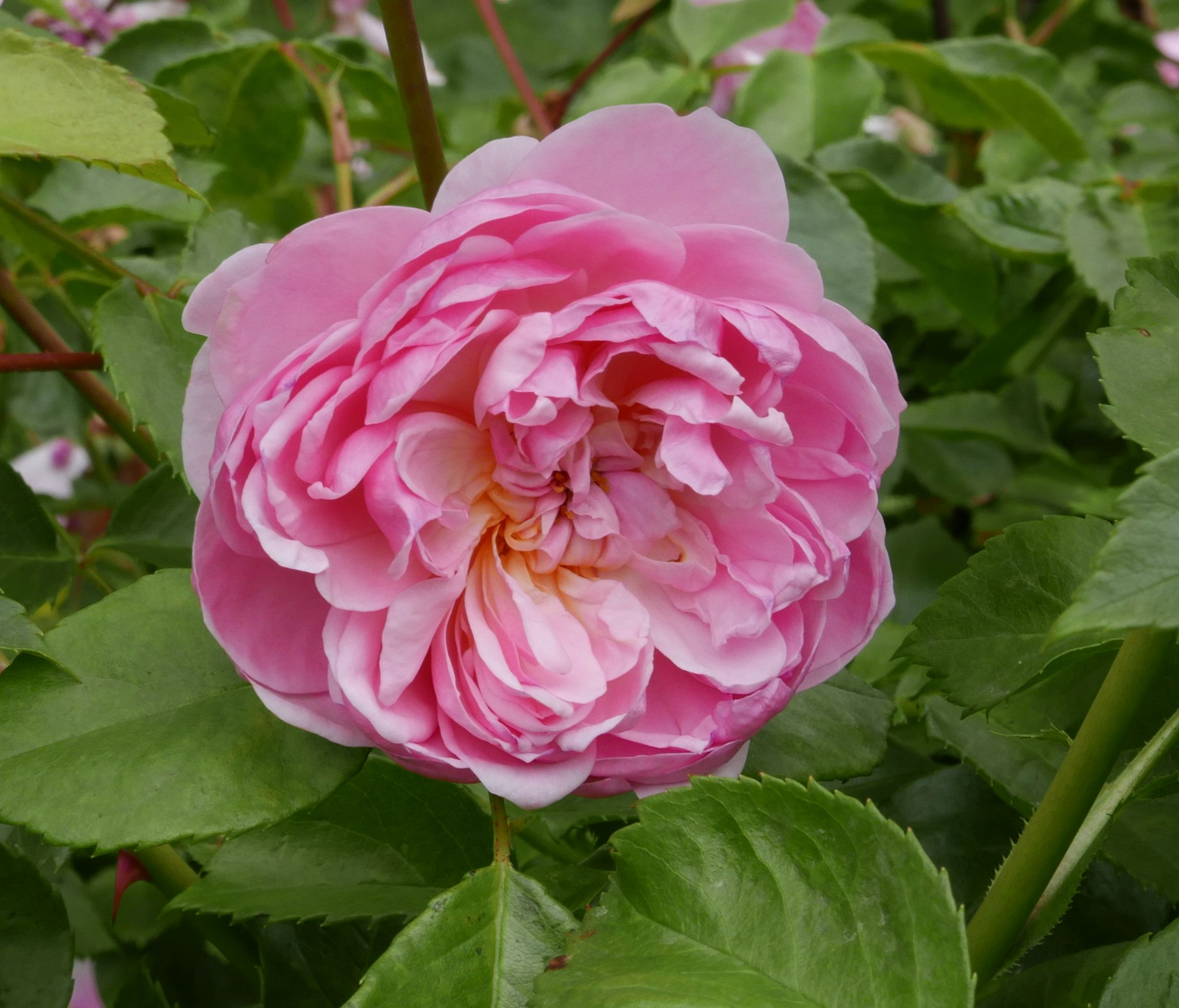
‘Anne Boleyn’, Austin, 1999
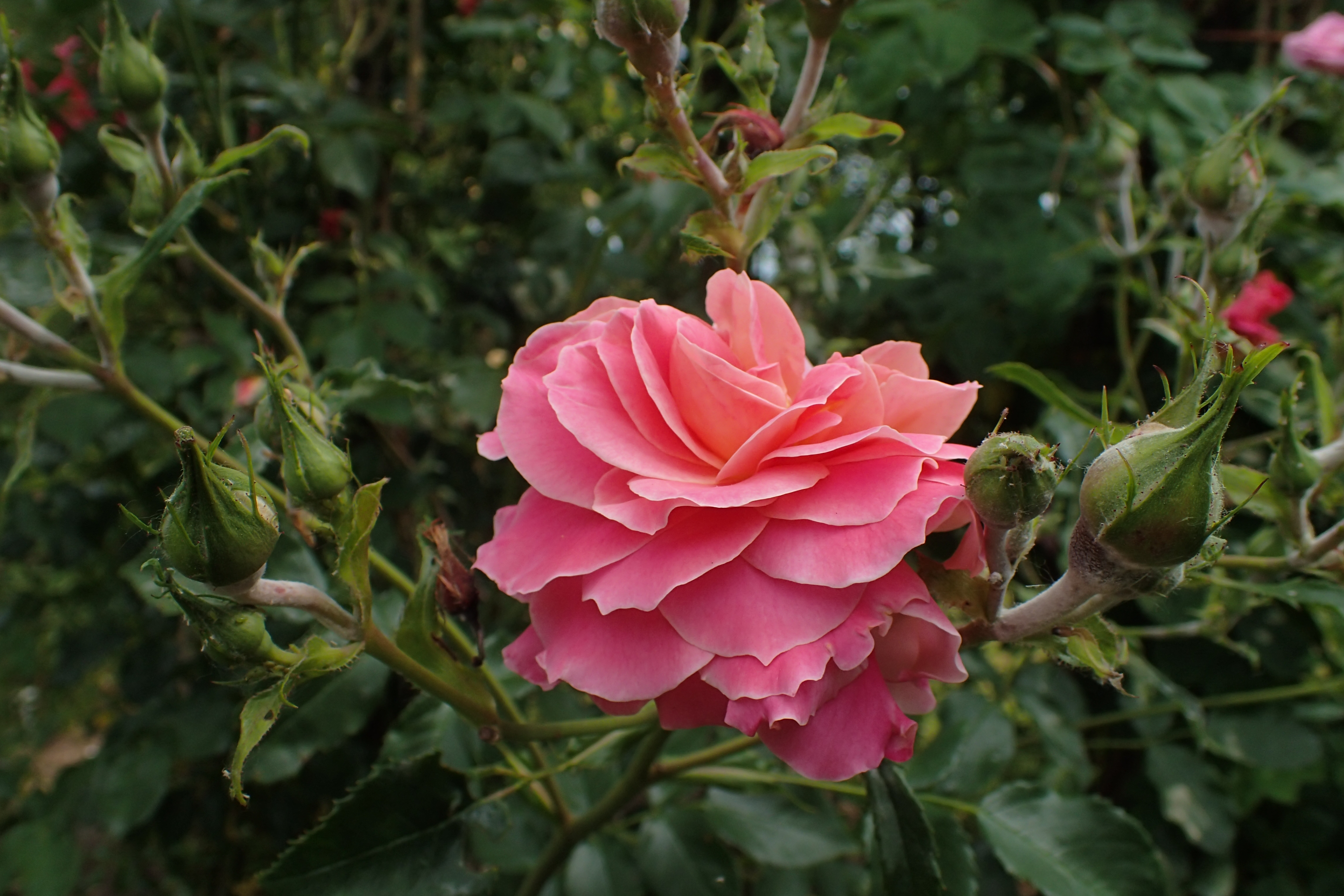
‘Anne Dakin’, Robert A. Holmes, vor 1972
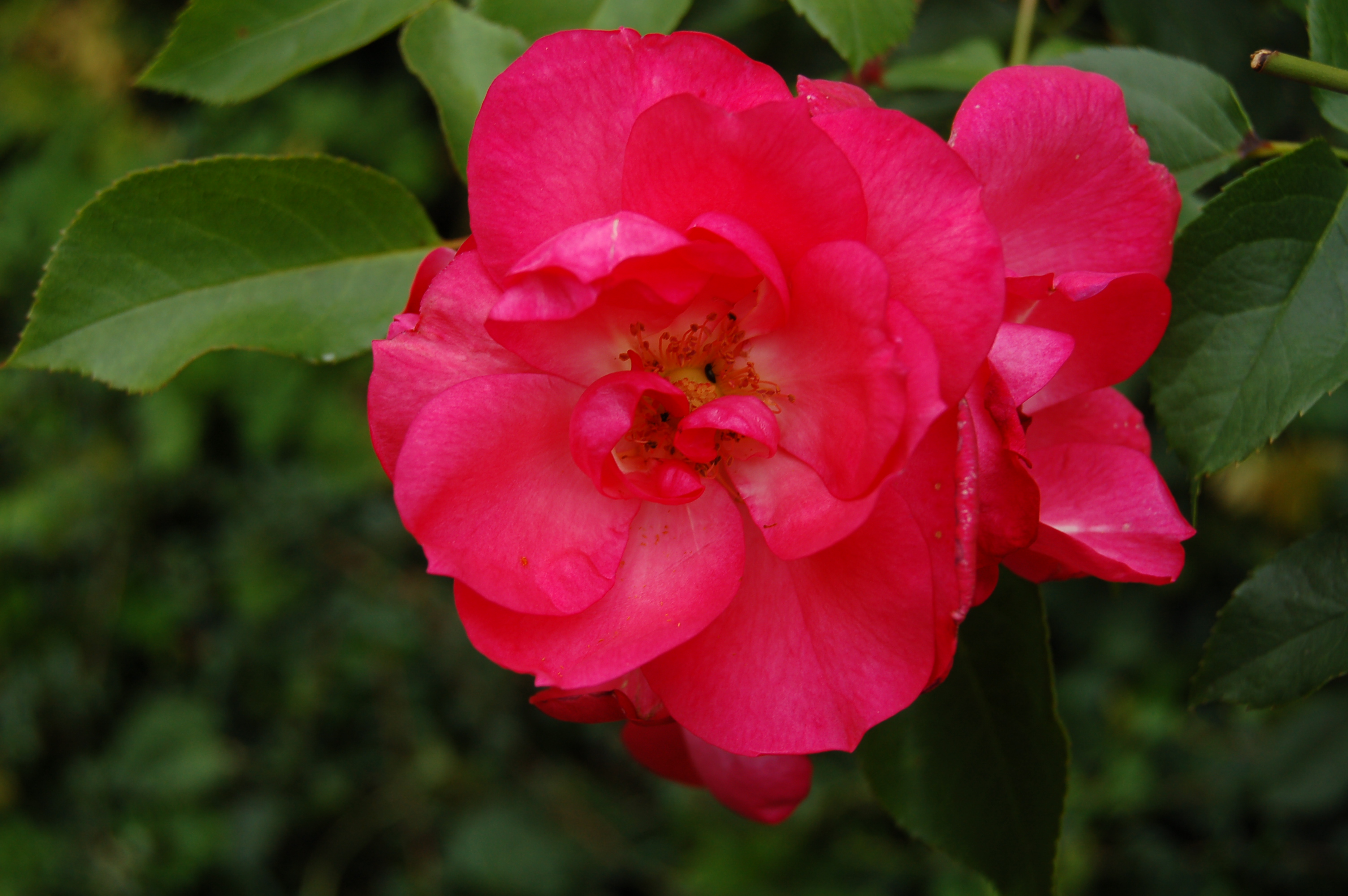
‘Anne de Bretagne’ (auch engl. ‘Decor Rose’), Meilland, vor 1979
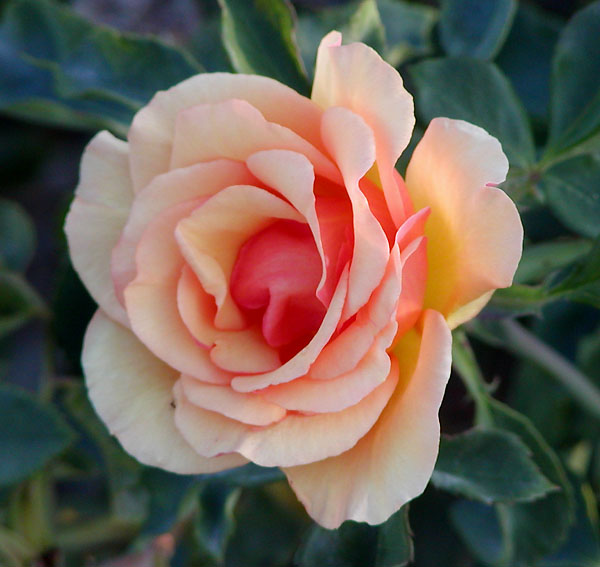
‘Anne Harkness’, Harkness, 1979
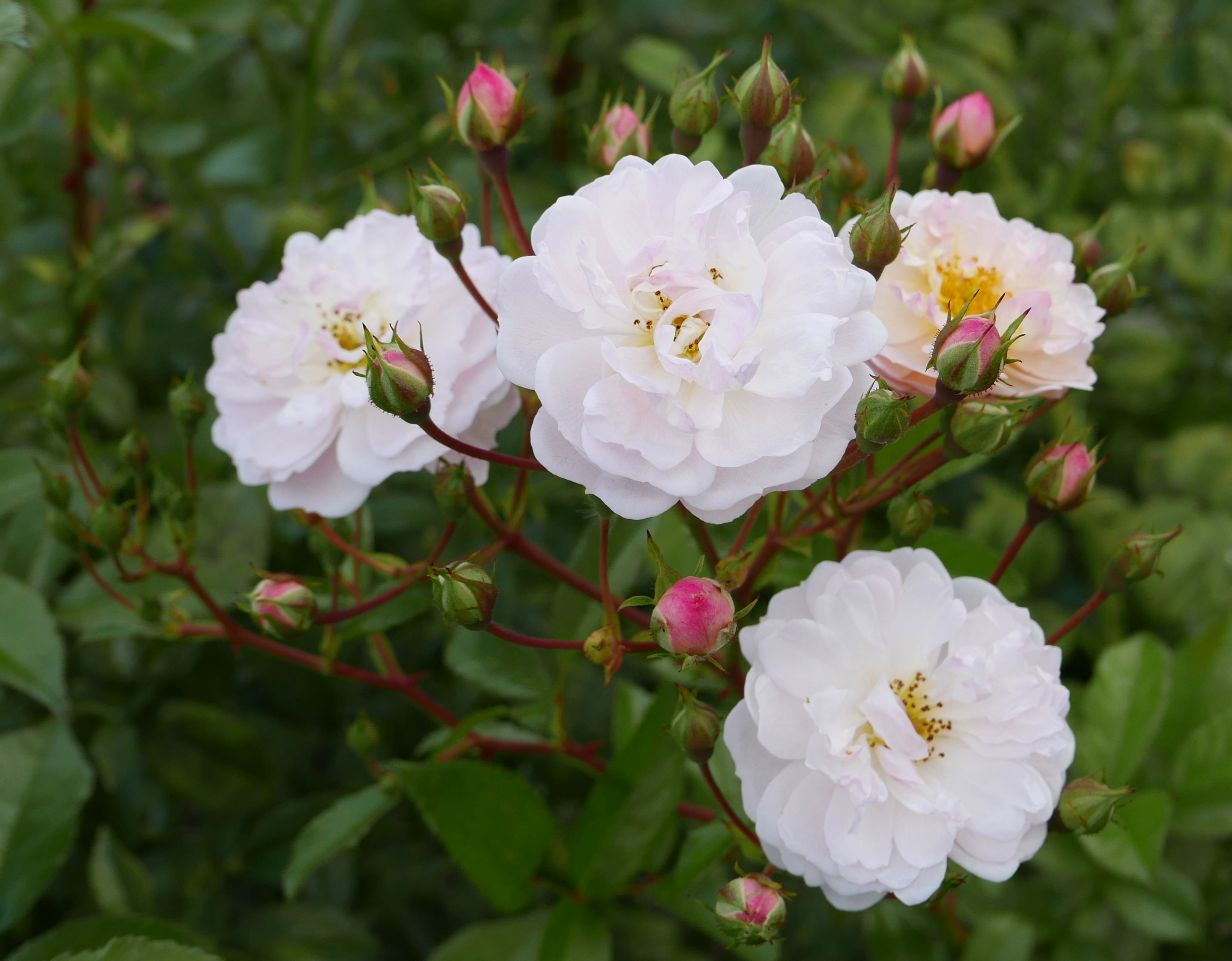
‘Annelies’, Lens, 2000
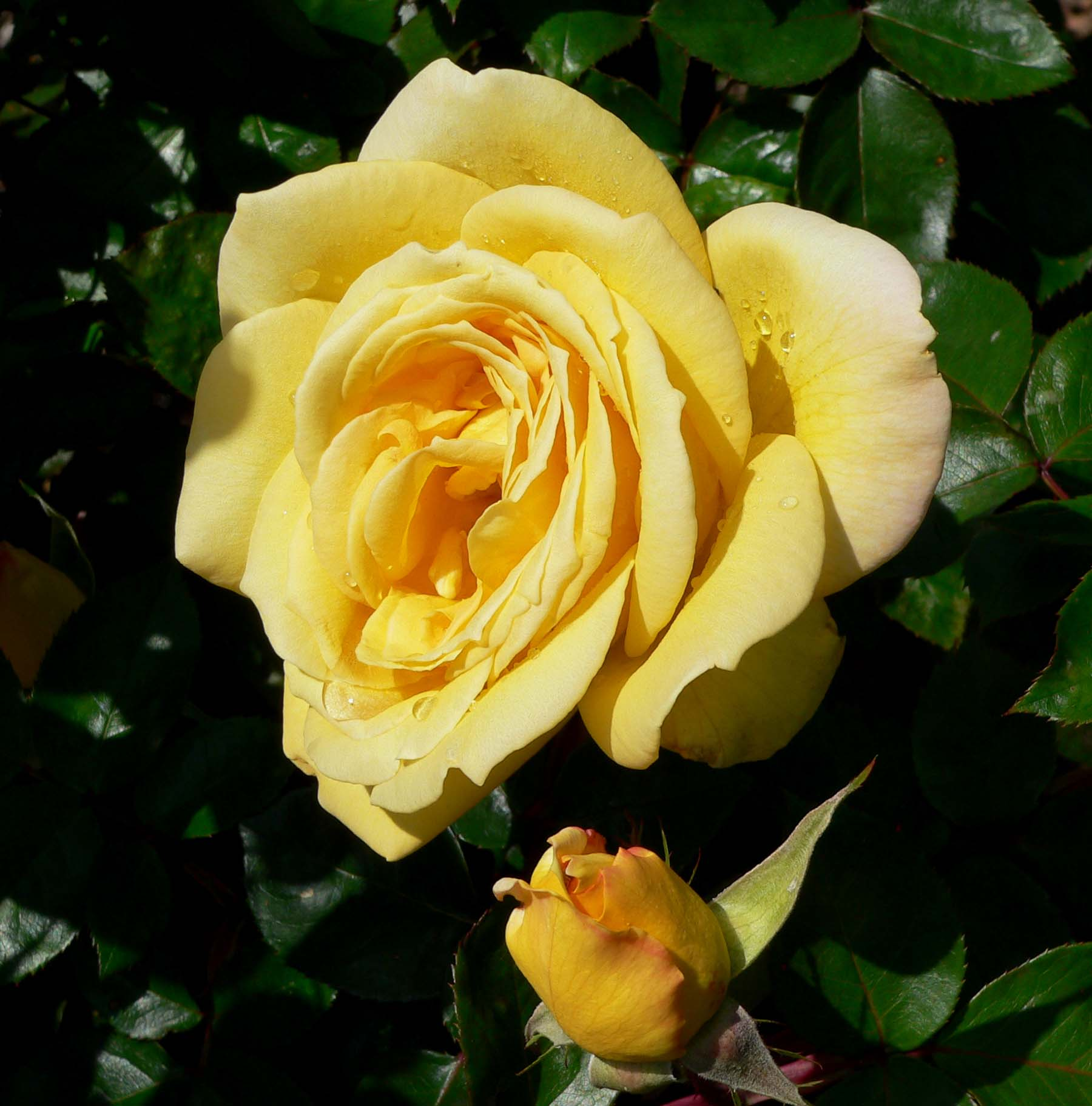
‘Anneliese Rothenberger’ (auch: ‘Oregold’), Tantau, vor 1970
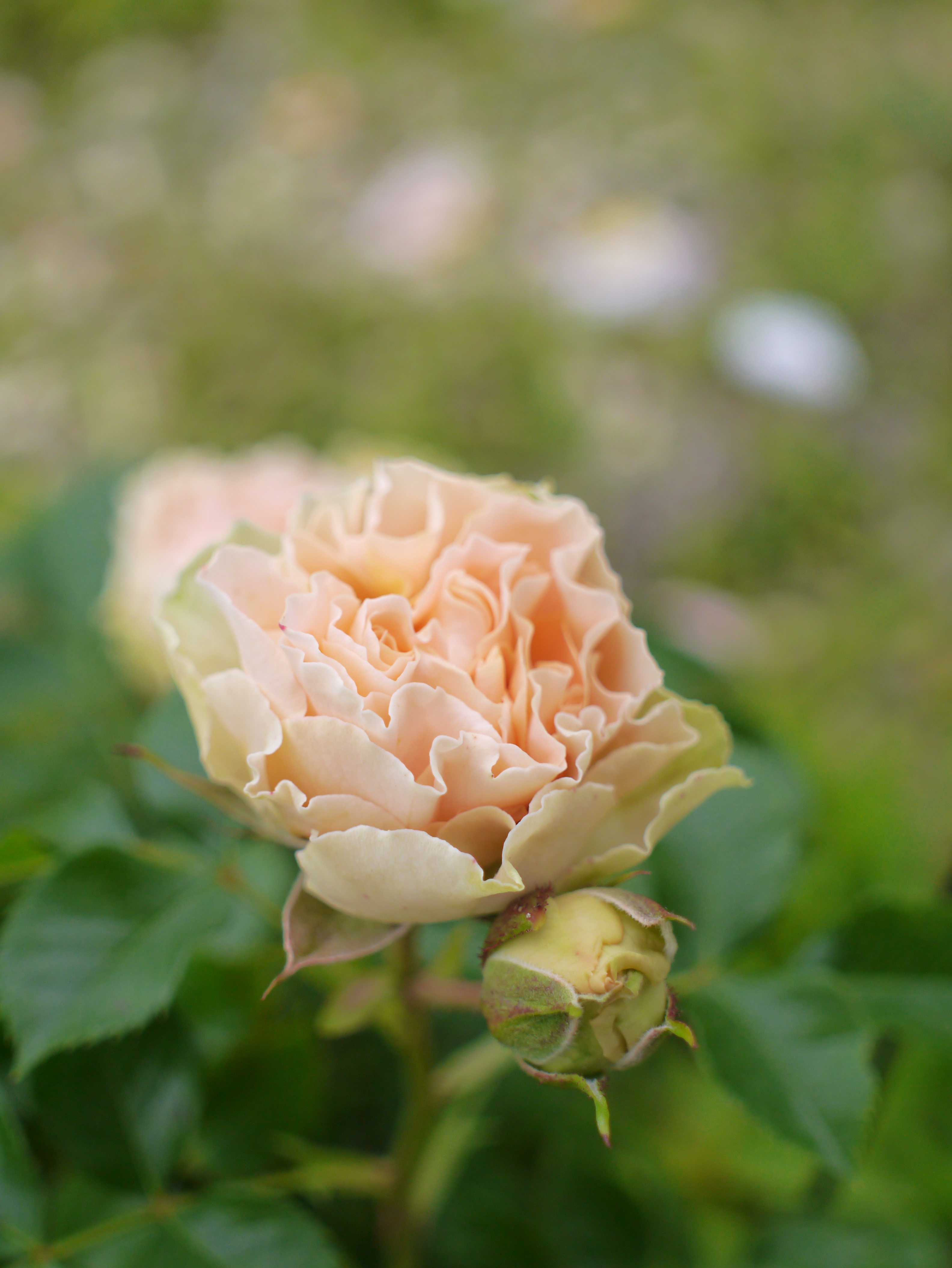
‘Antique Lace’, De Ruiter, 1999
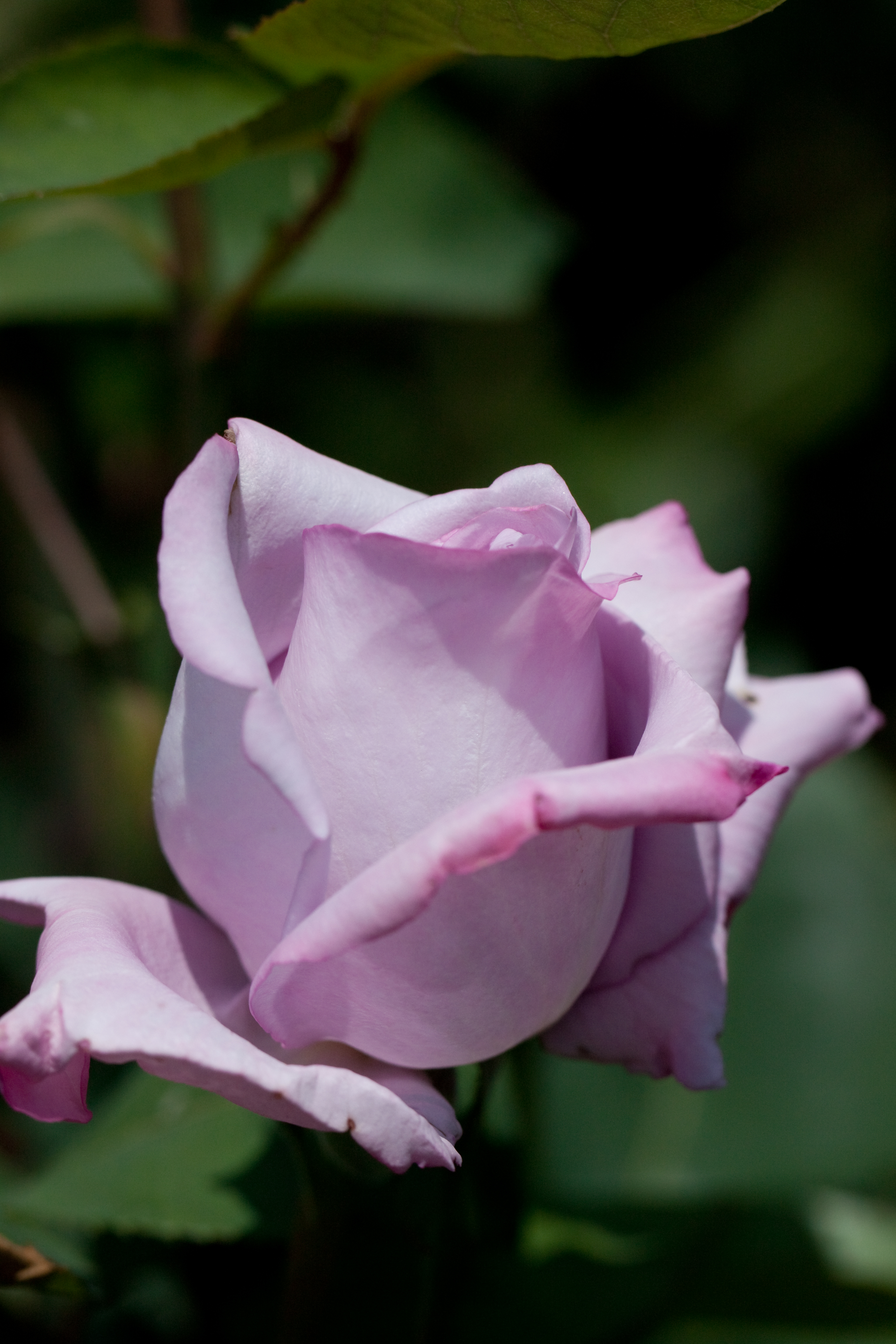
‘Aozora’, Seizo Suzuki, 1973
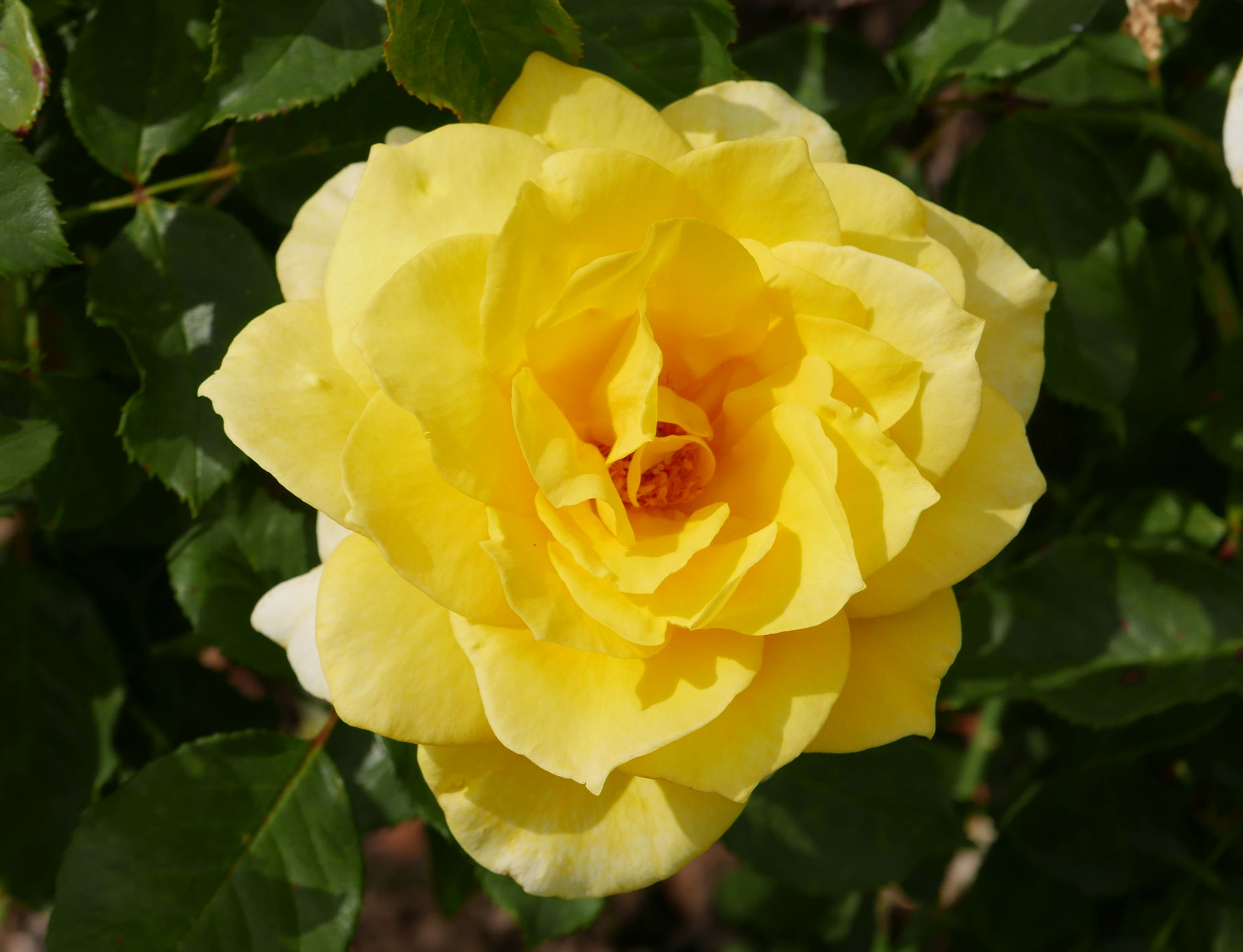
‘Aperitif’, McGredy, 1988
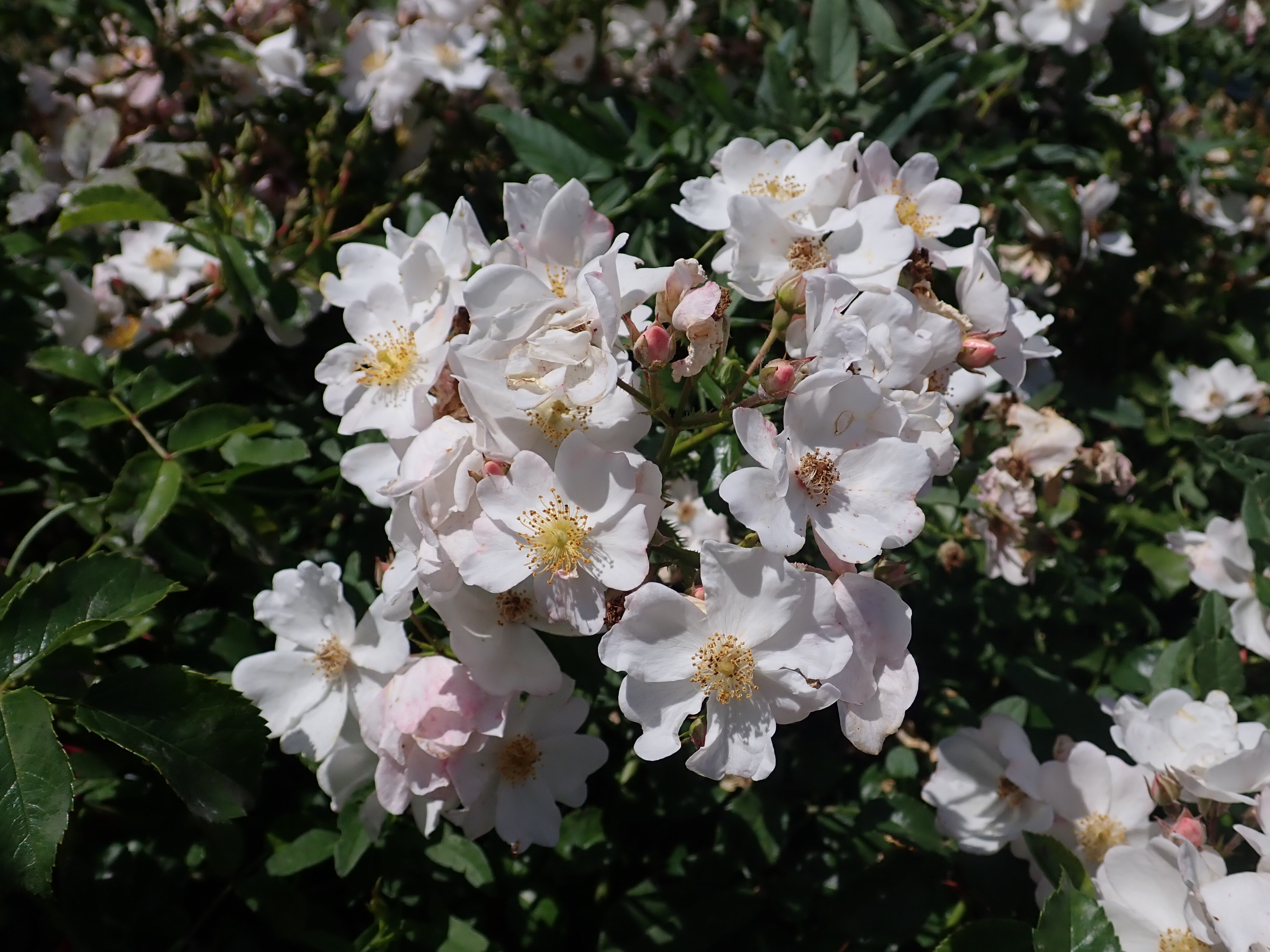
‘Apfelblüte’, Noack, 1990
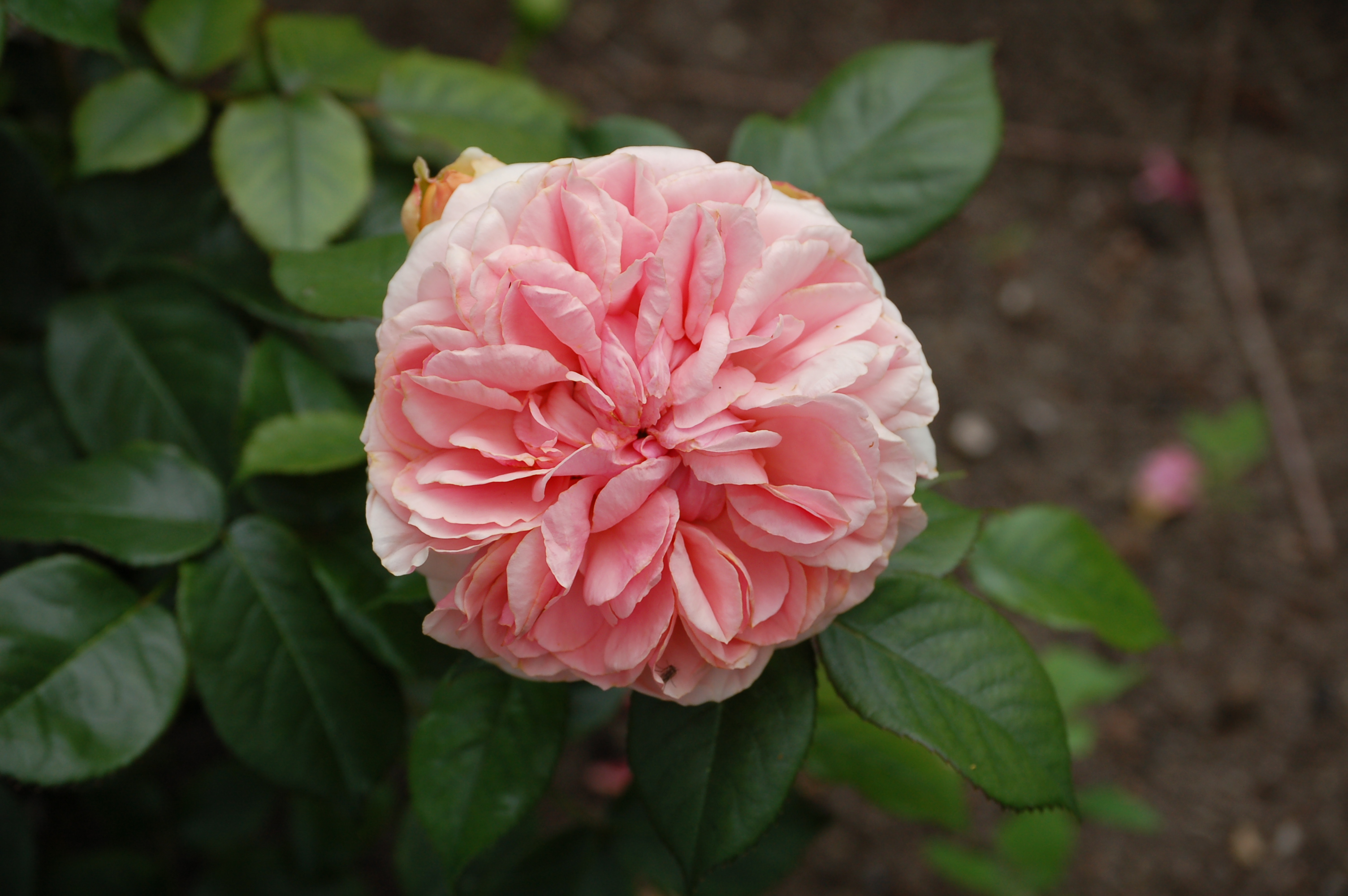
‘Aphrodite’, Tantau, 2006
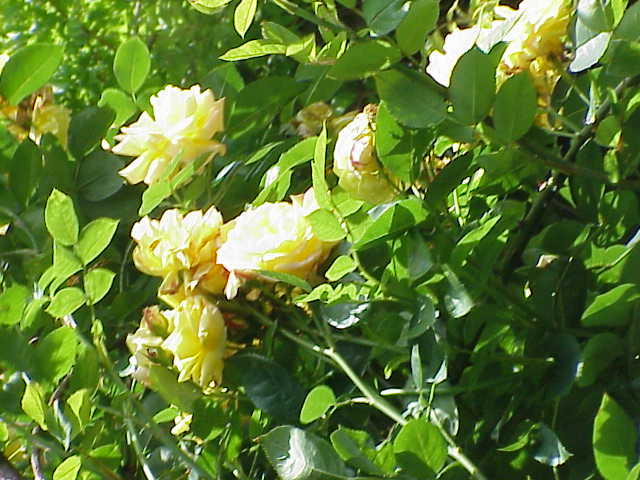
‘Apollo XI’, Leenders, 1970
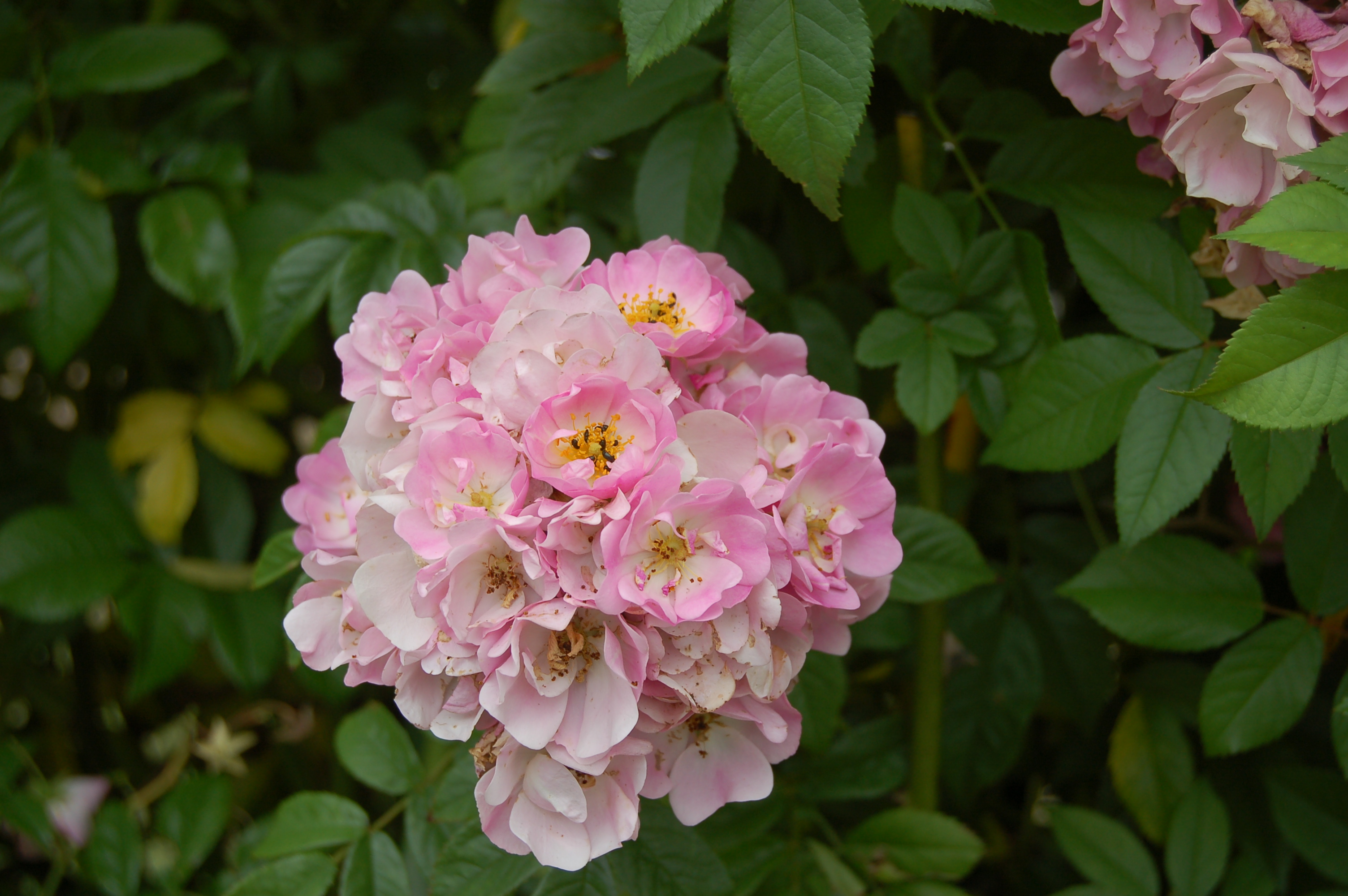
‘Apple Blossom’, Burbank, 1932
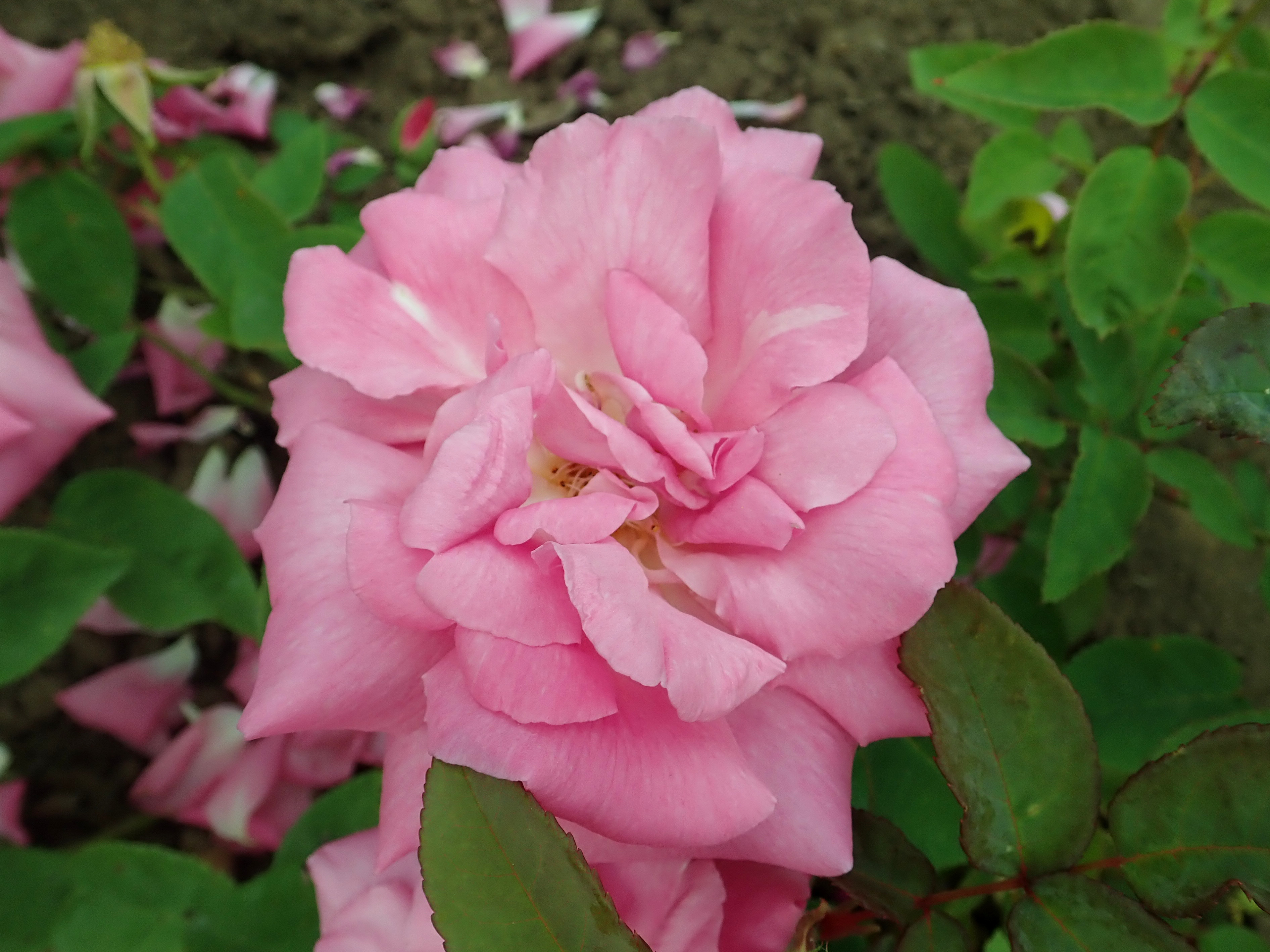
‘Appoline’, Victor Verdier, 1848
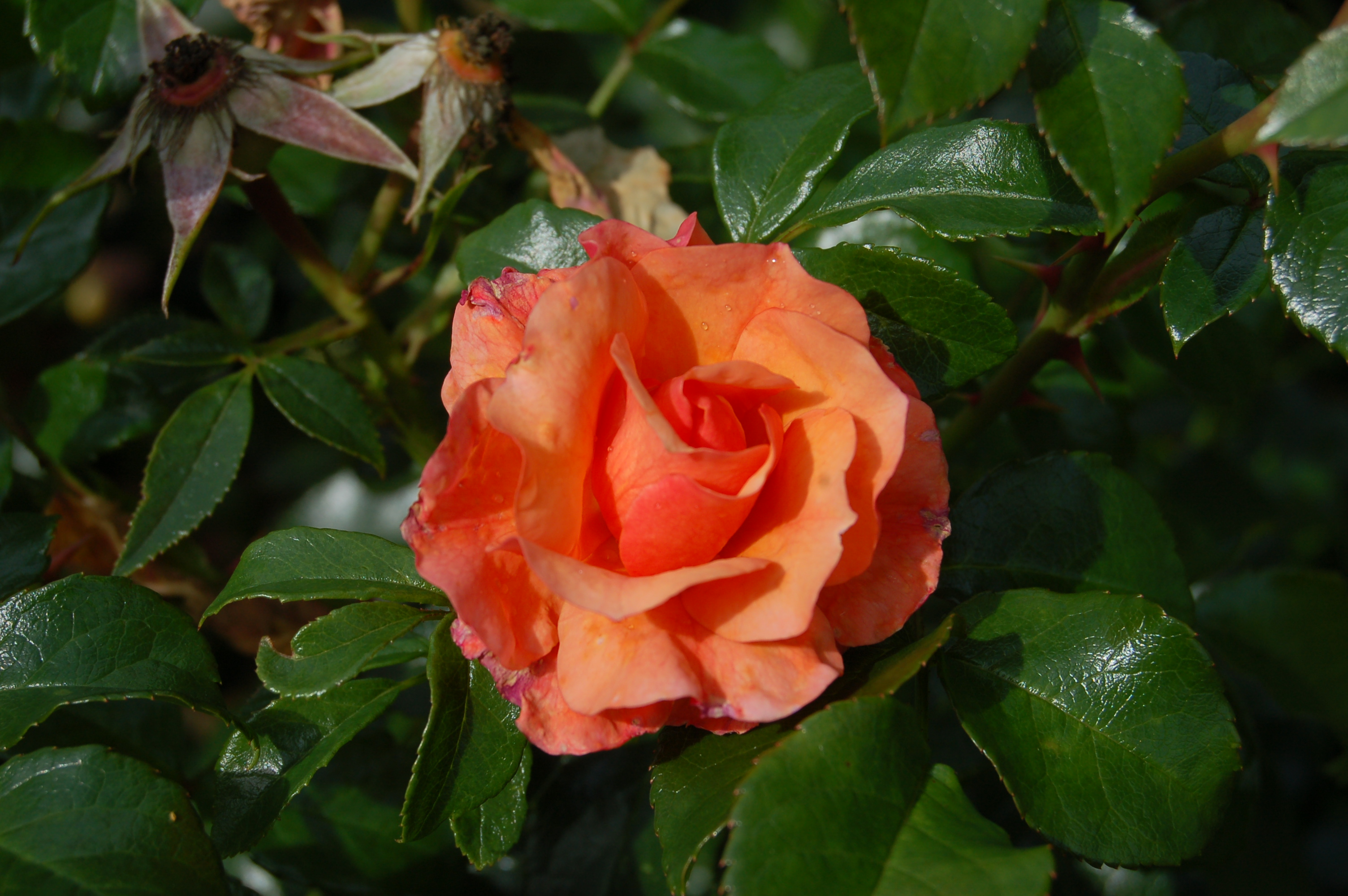
‘Apricola’, Kordes, 2000
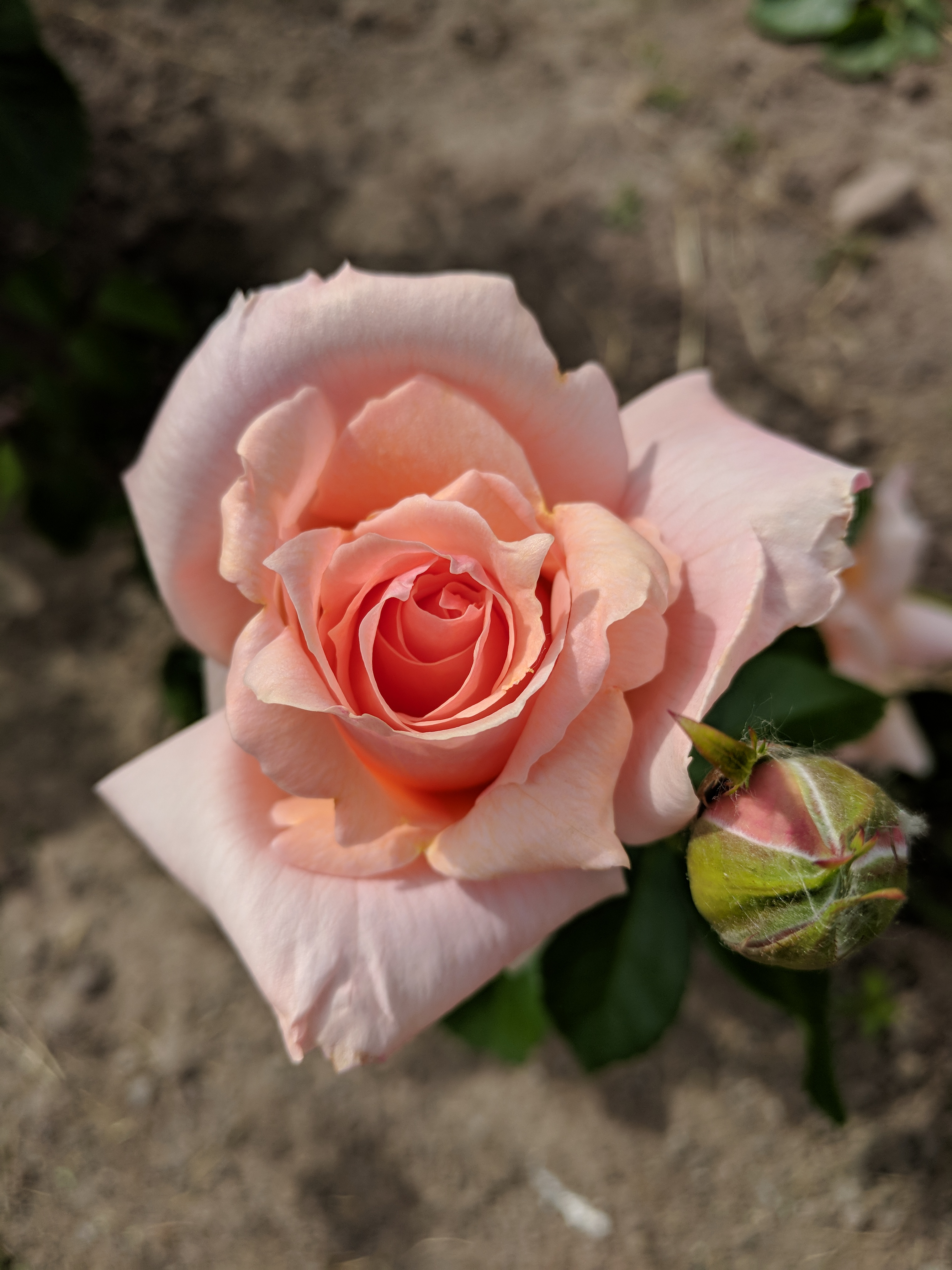
‘Apricot Candy’, Meilland, 2006
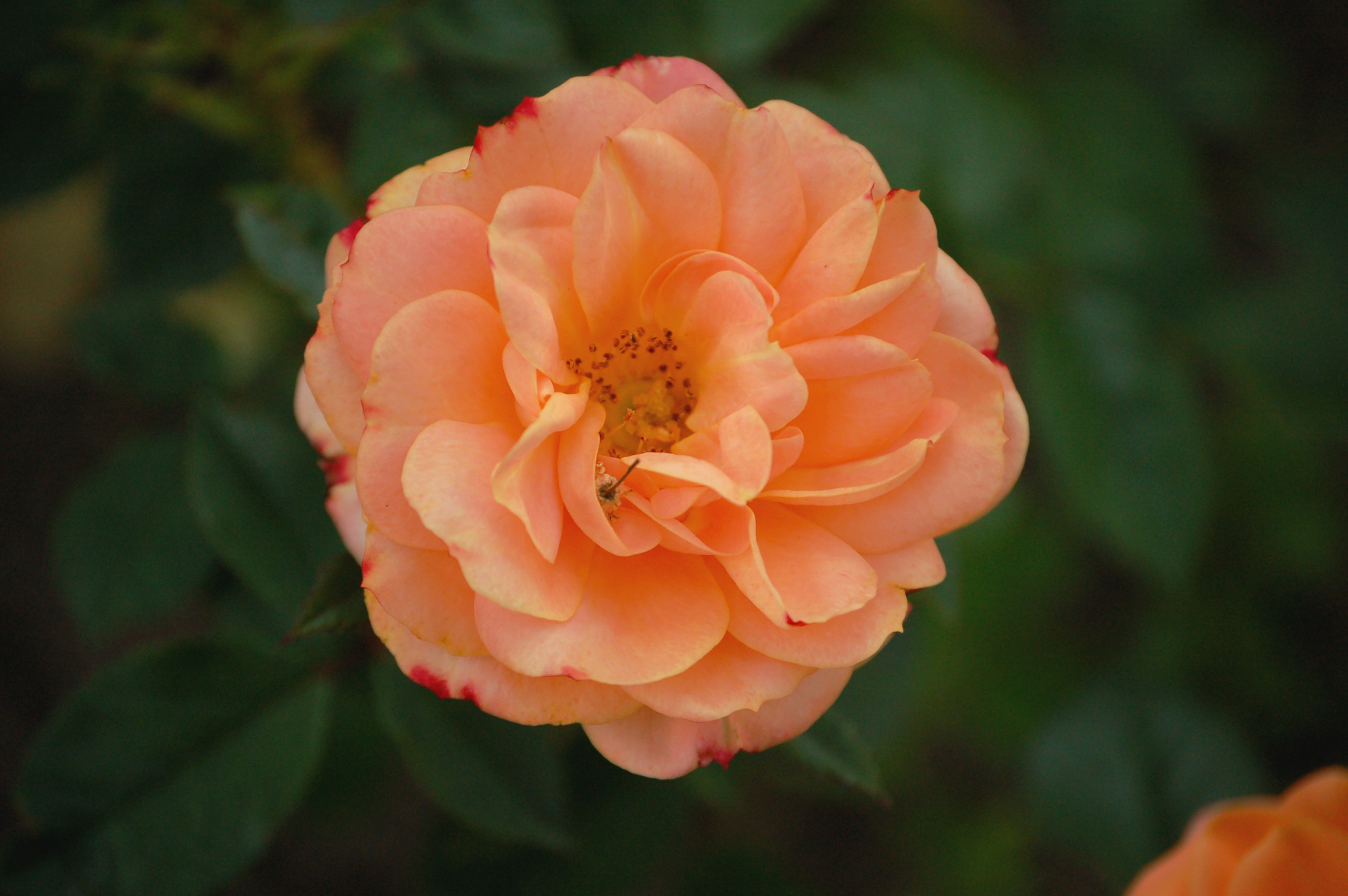
‘Apricot Clementine’, Tantau, 2004
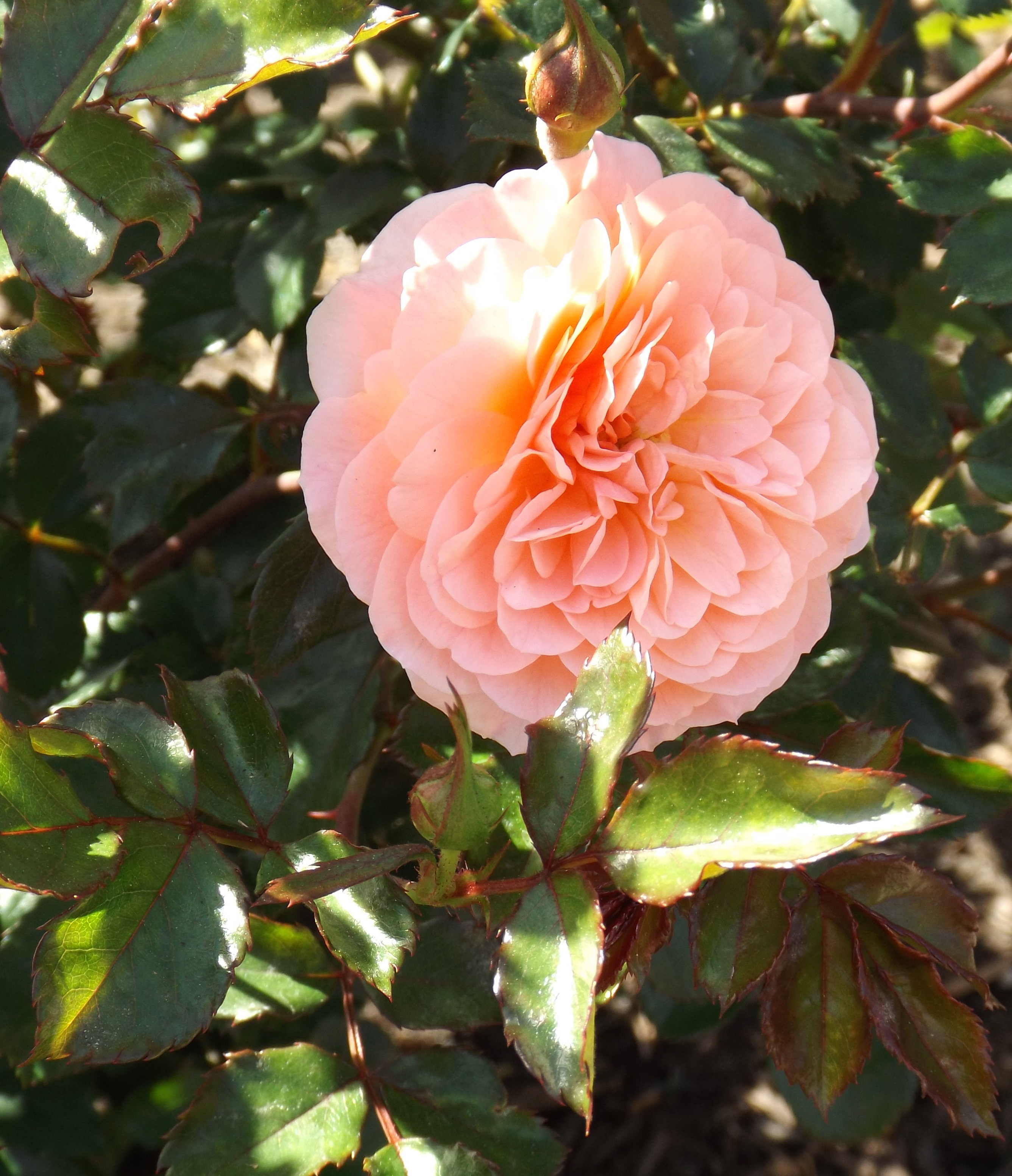
‘Apricot Drift’, Meilland, 2008
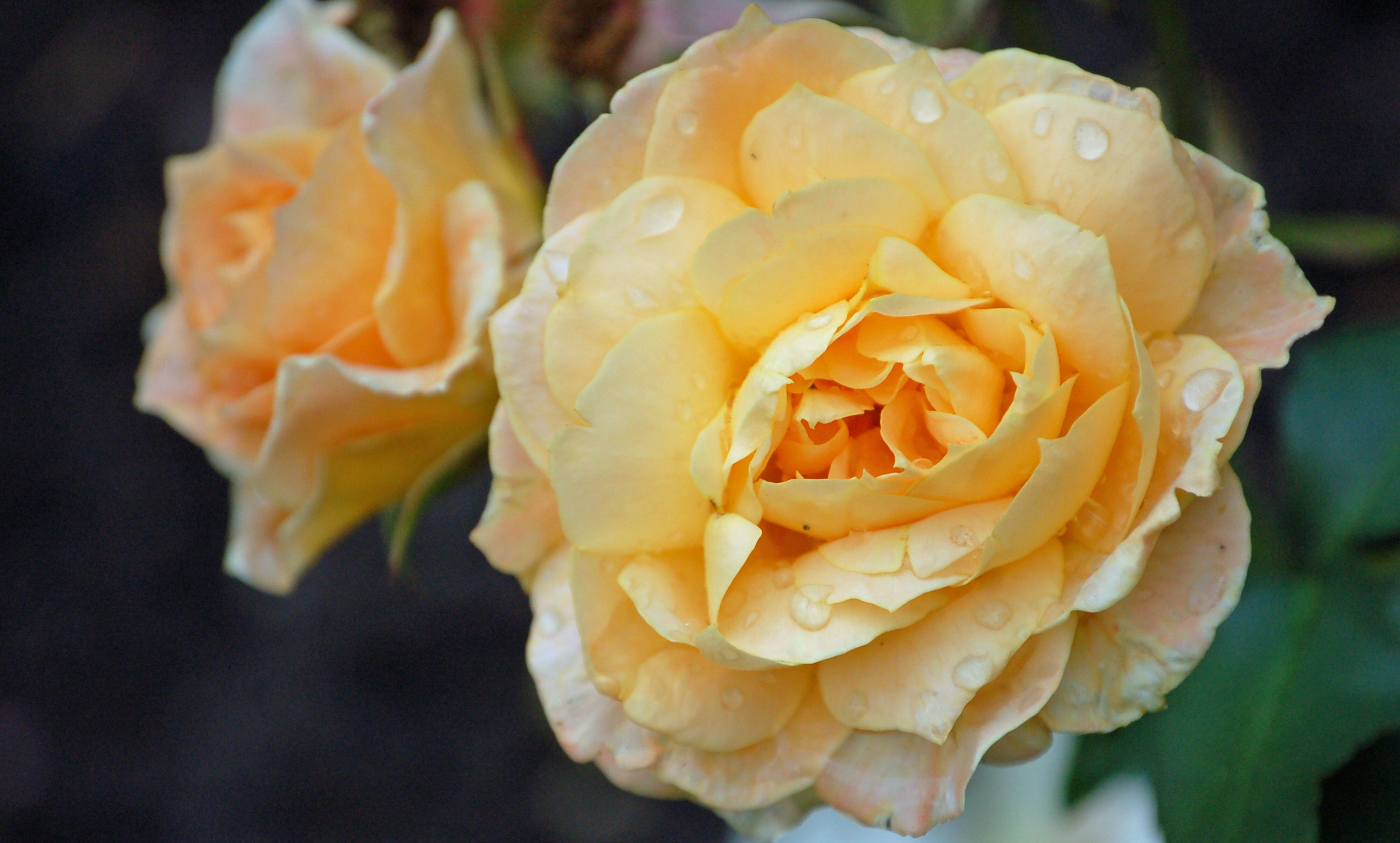
‘Apricot Meilove’, Meilland, 2007
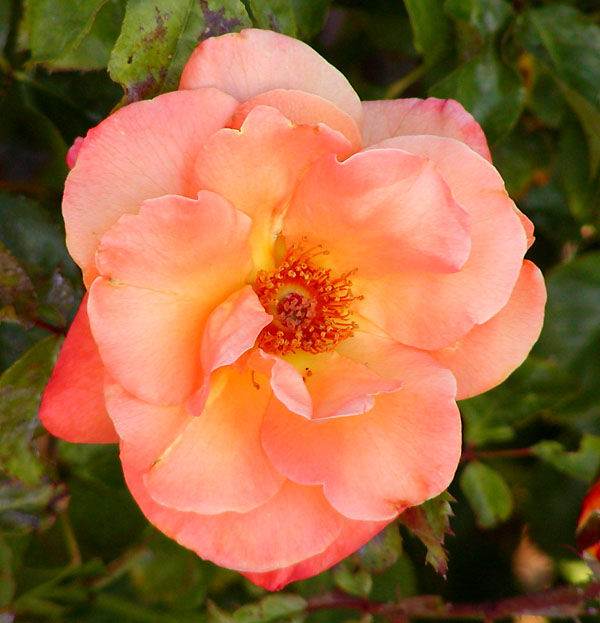
‘Apricot Nectar’, Boerner, 1965
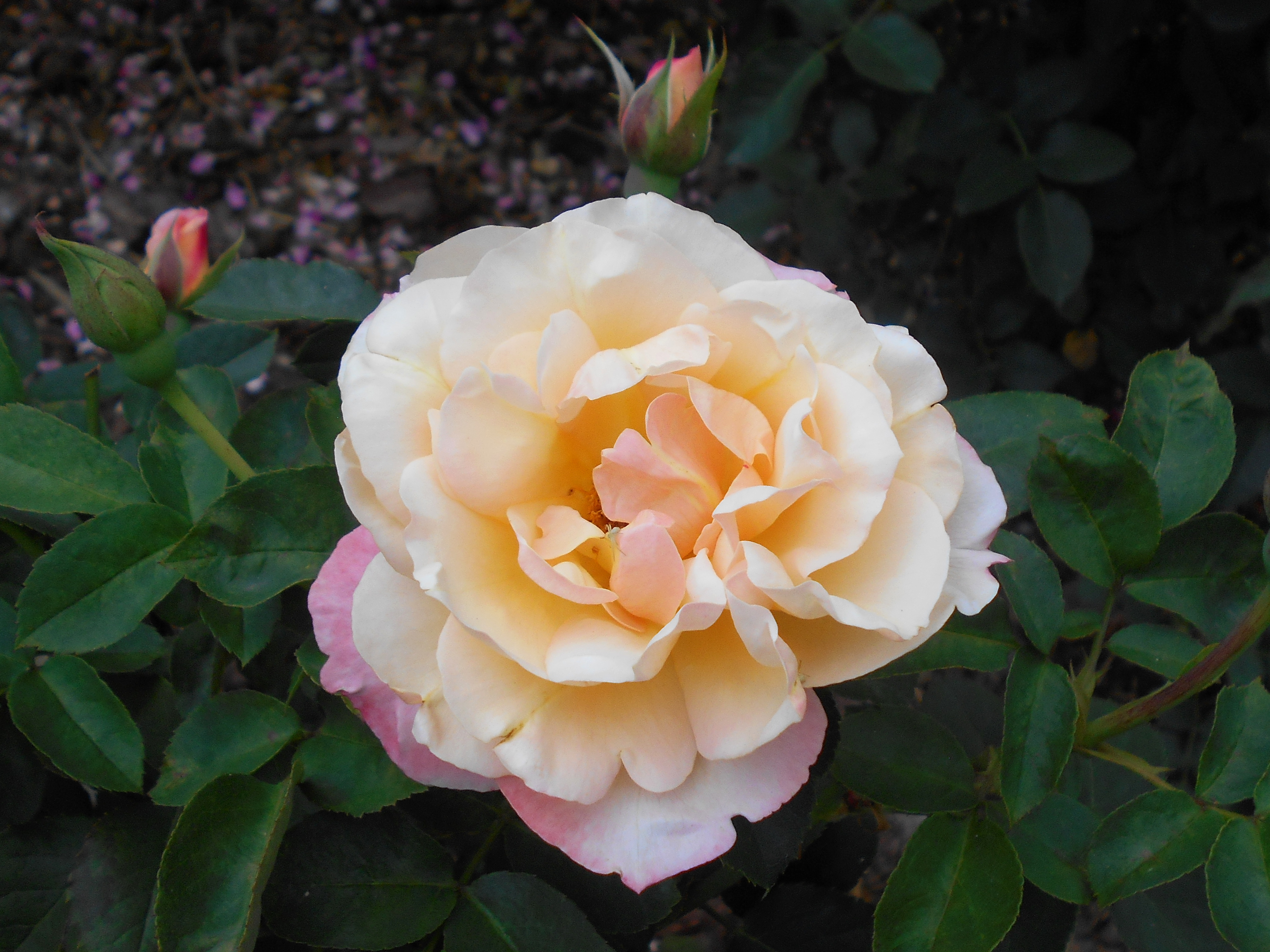
‘Apricot Queen Elizabeth’, Verschuren & Zonen,  1980
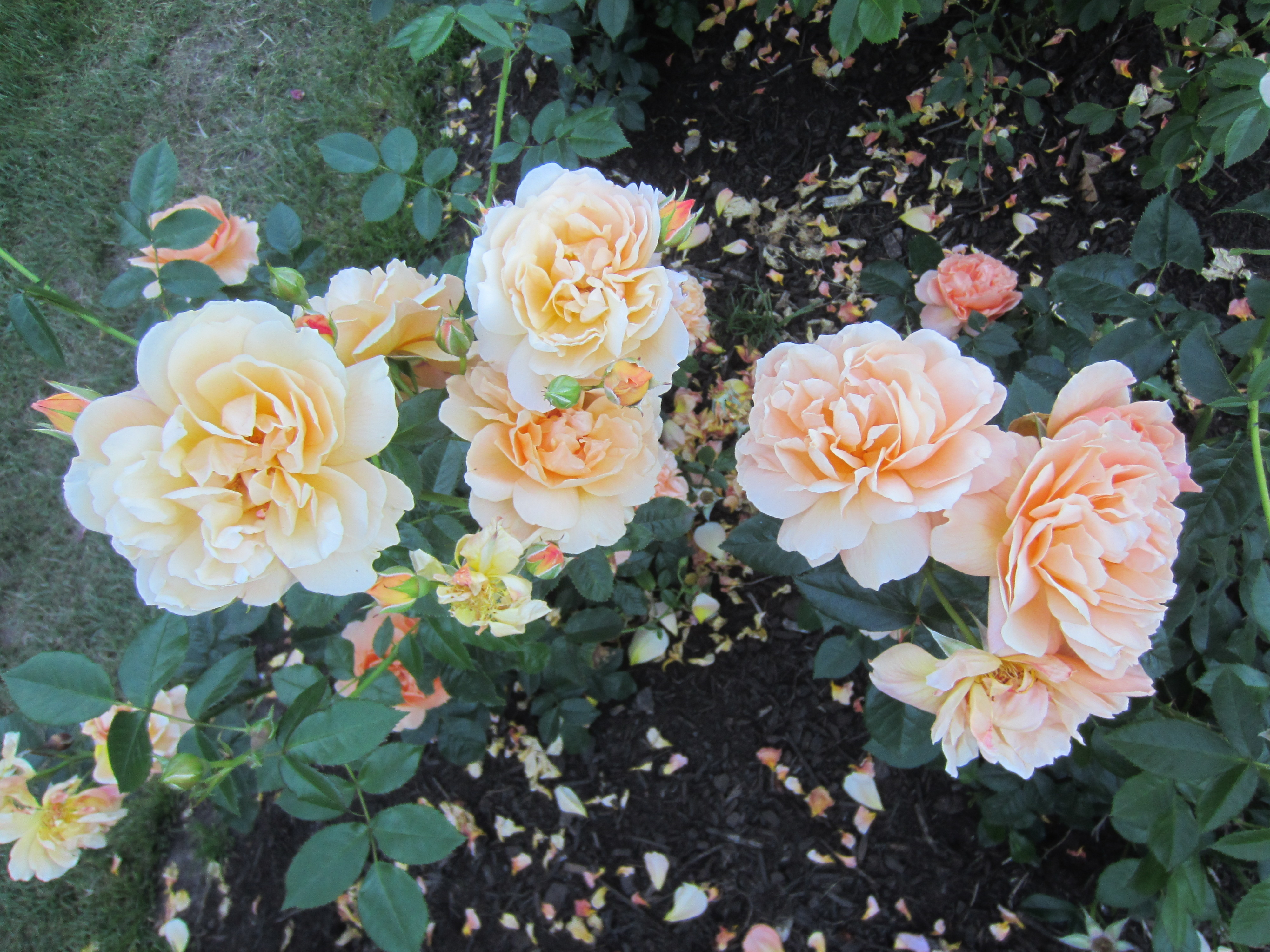
‘April Moon’, Dr. Griffith J. Buck, 1984
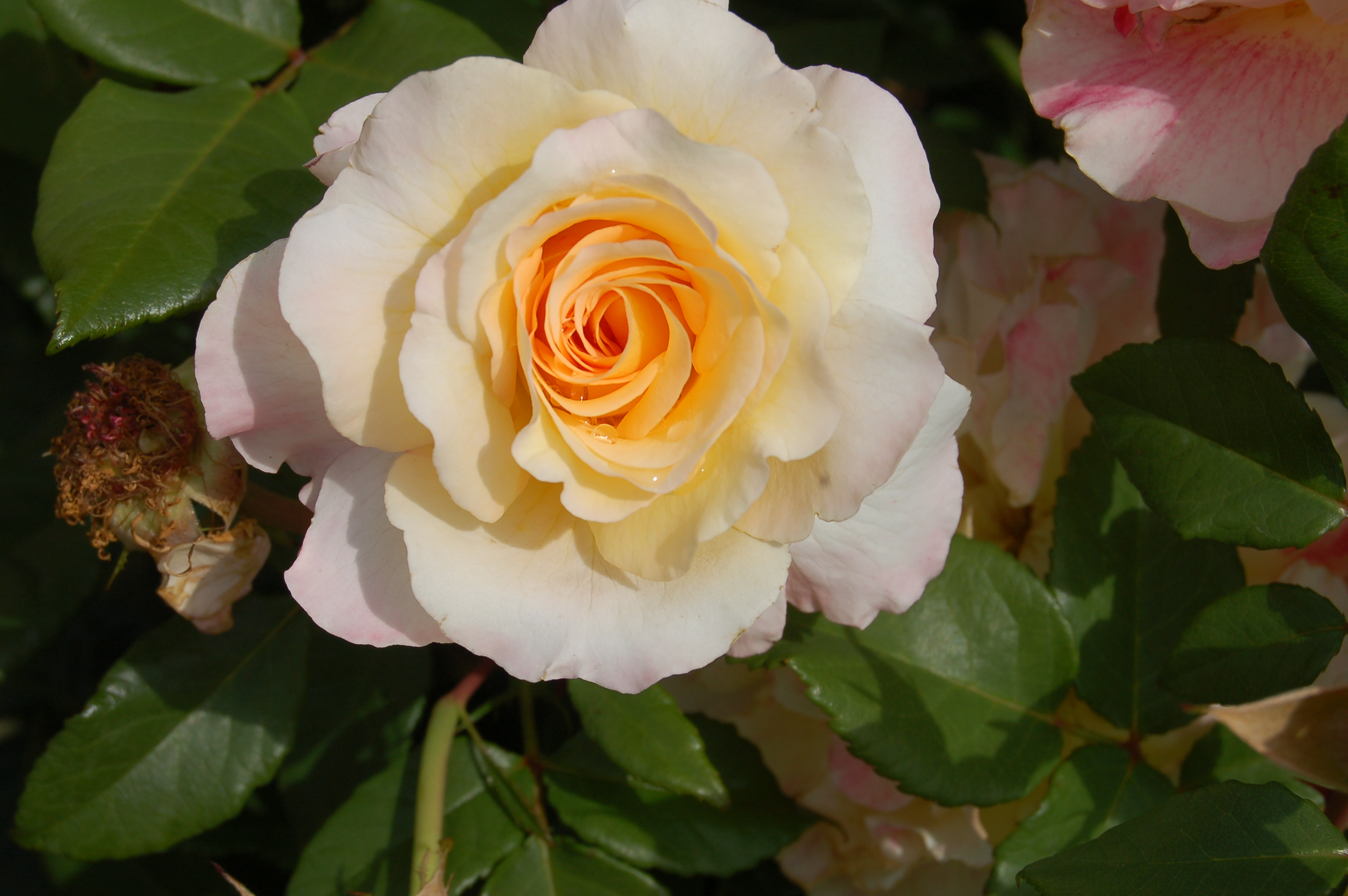
‘Aquarell’, Tantau, 2006
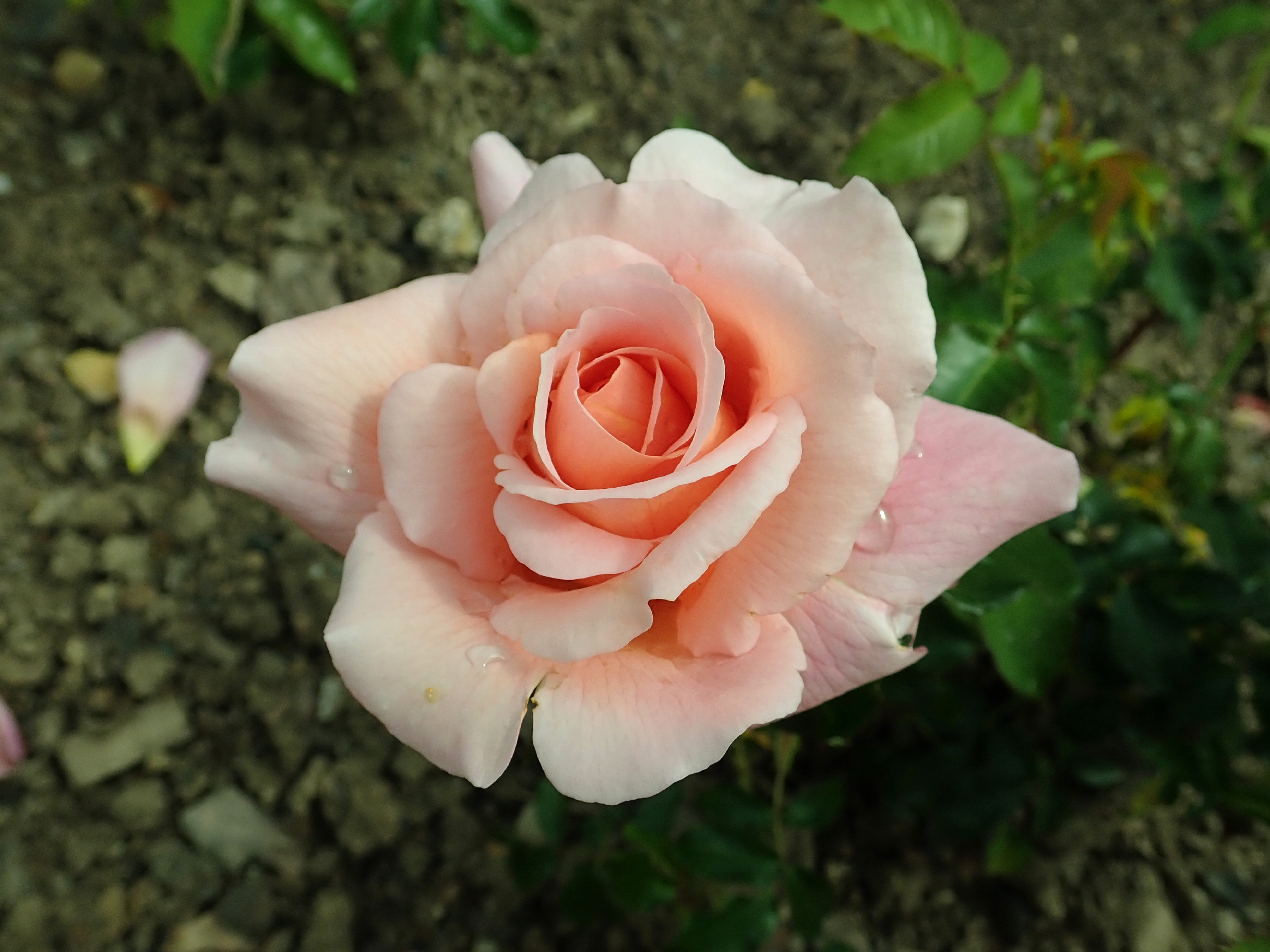
‘Araceli Leyva’, Pedro Dot, 1940
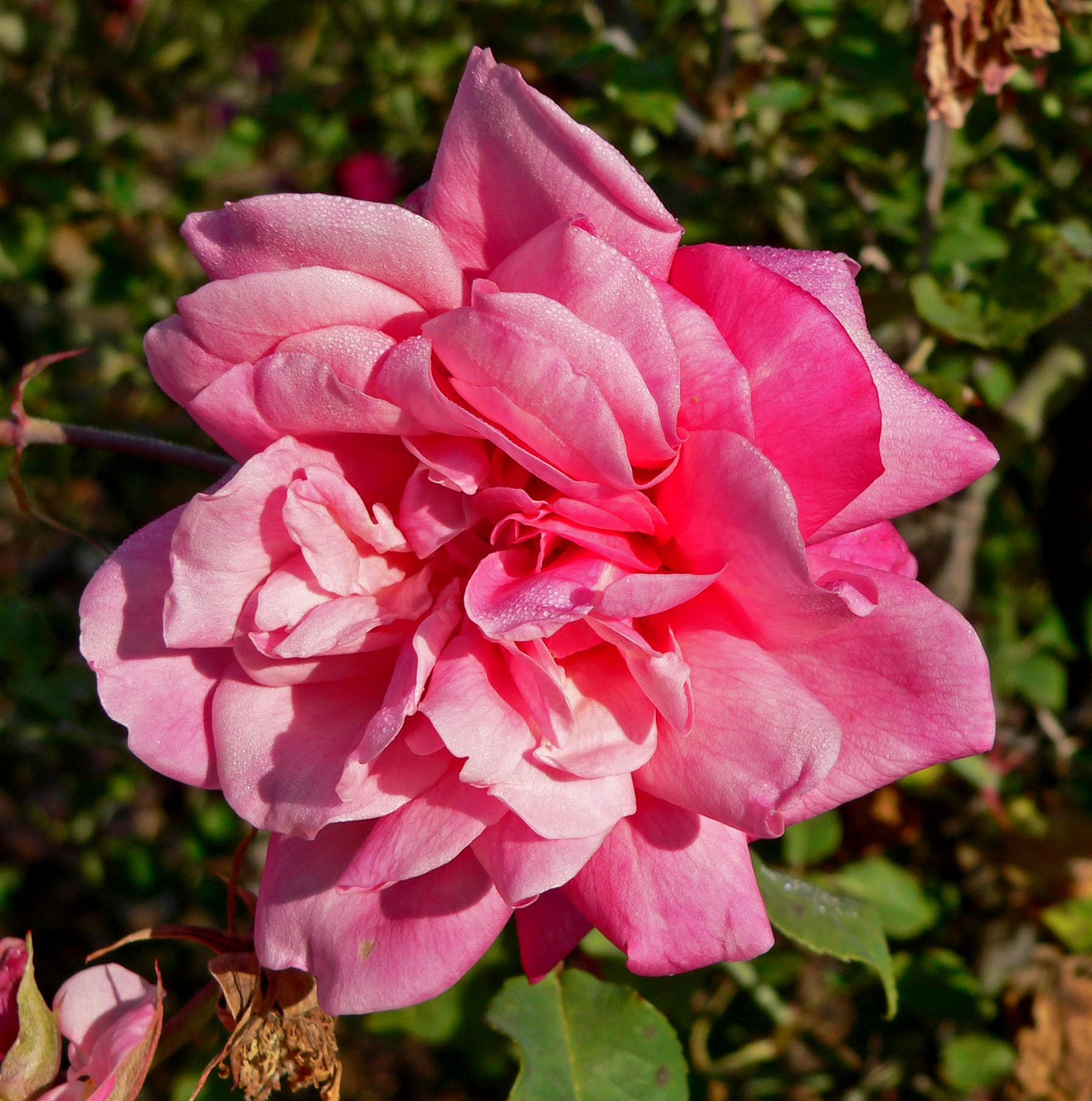
‘Archiduc Joseph’, Gilbert Nabonnand, 1892
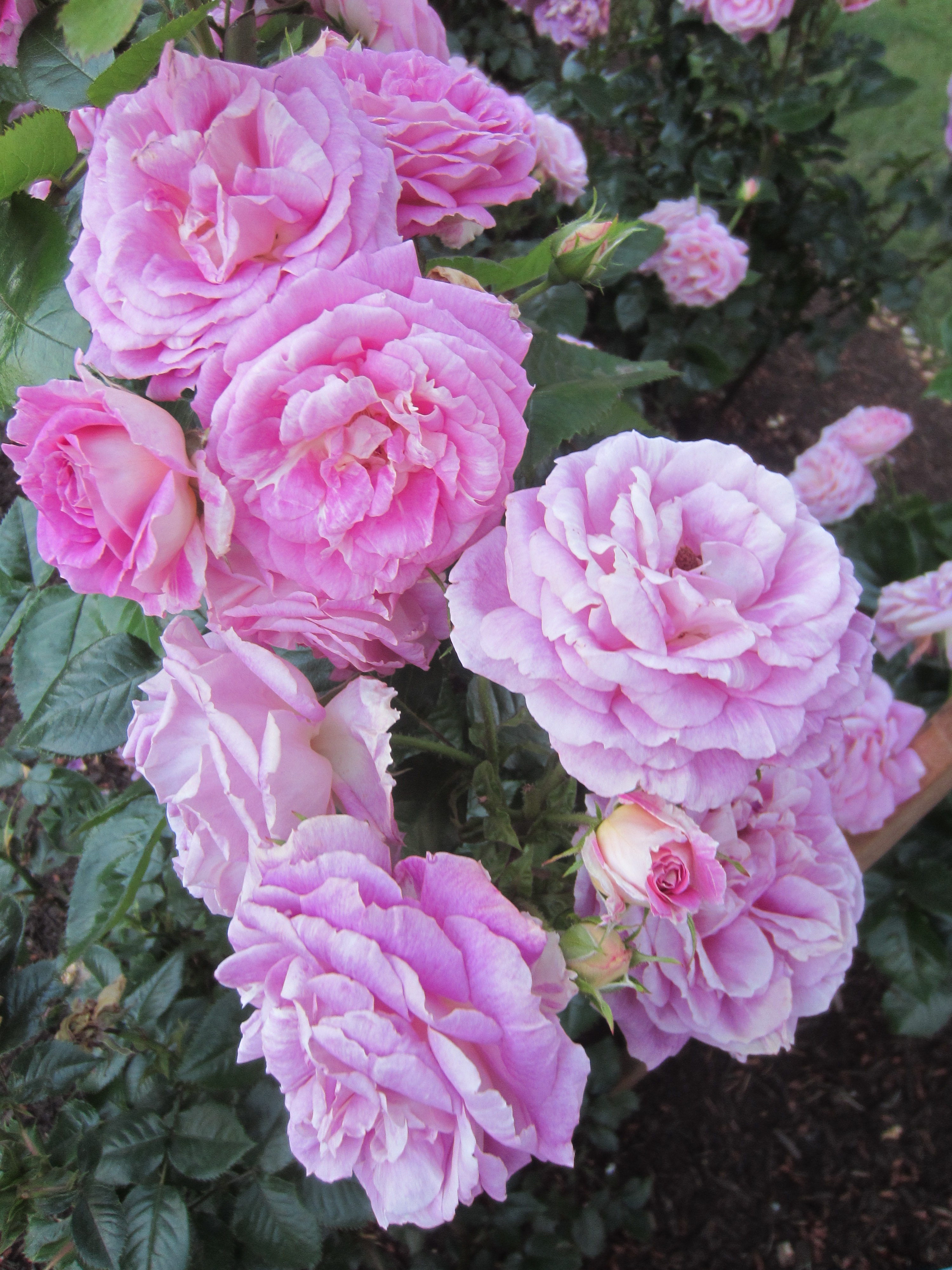
‘Arctic Blue’, Christian Bédard, 2017
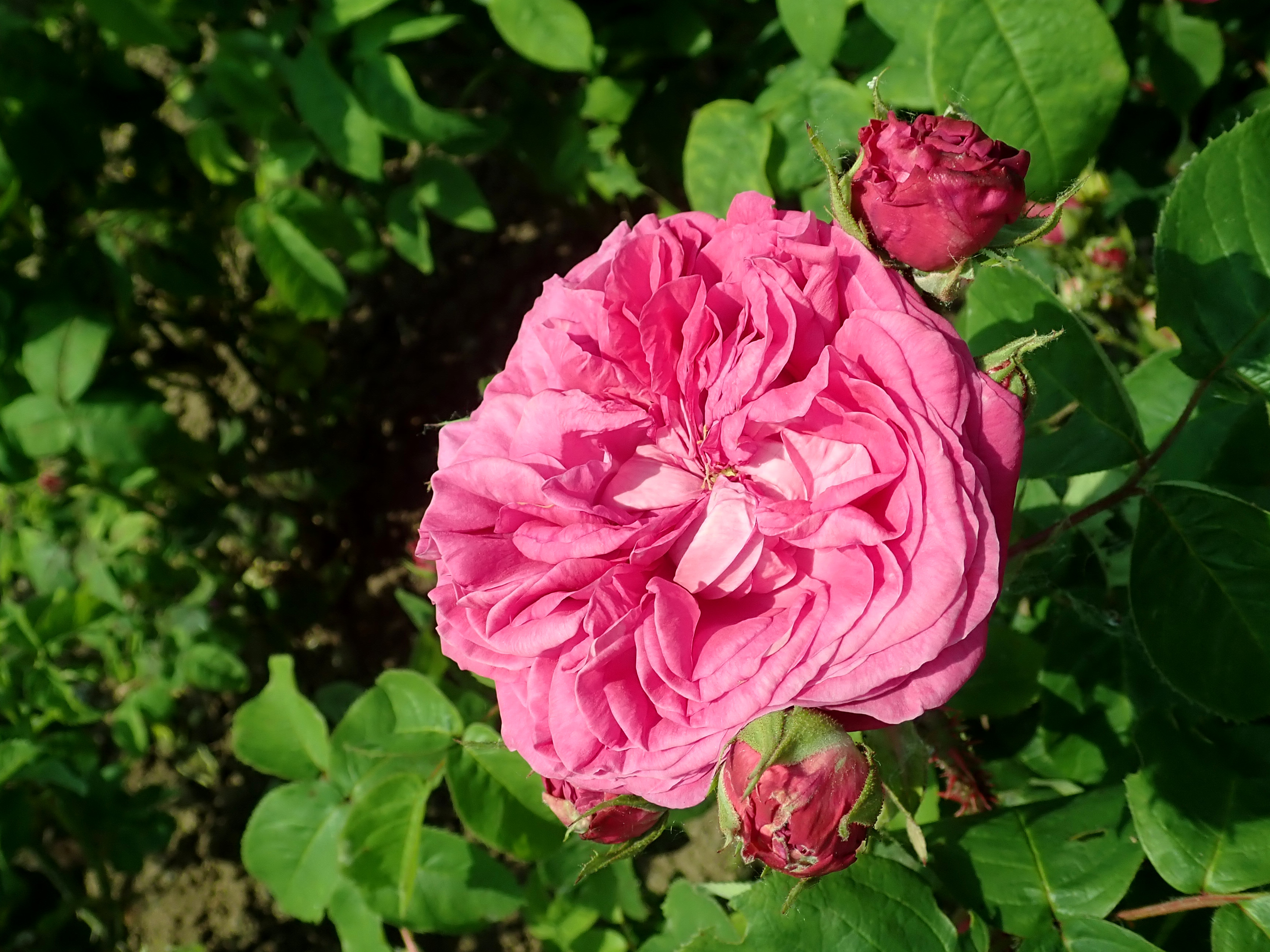
‘Ardoisée de Lyon’, Frédéric Damaizin, 1858
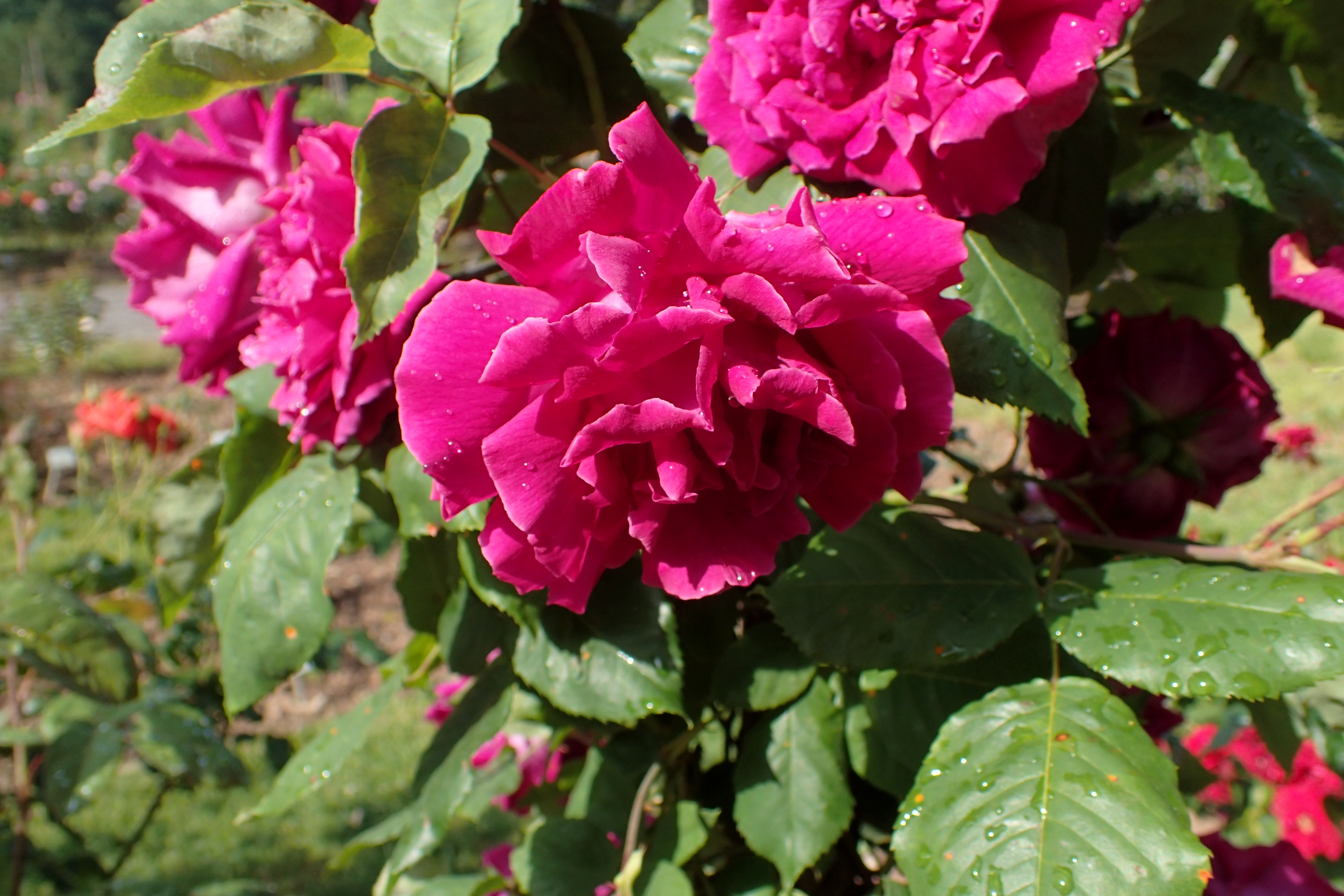
‘Ards Rover’, Alexander Dickson II, 1898
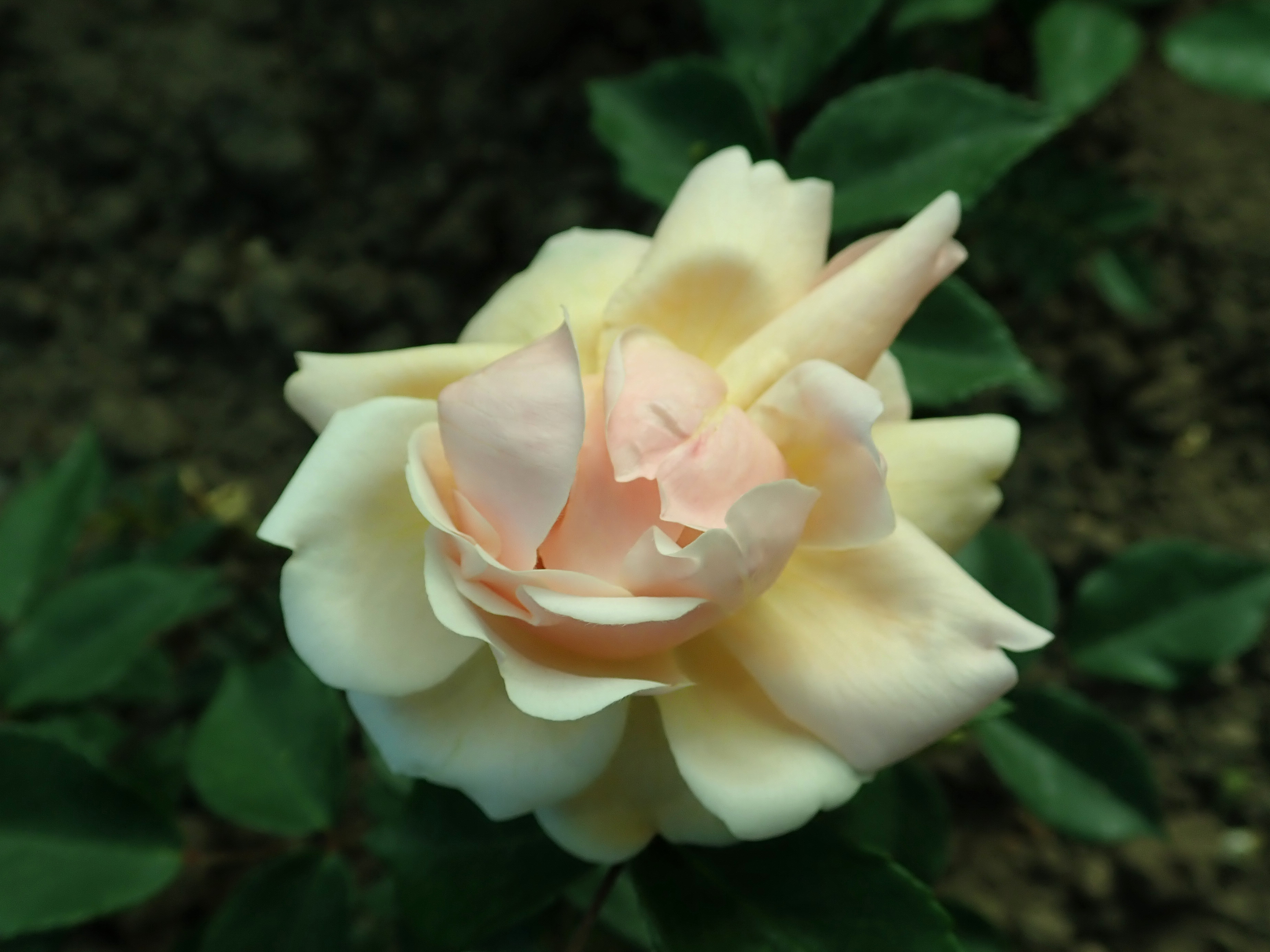
‘Arethusa’, William Paul, vor 1903
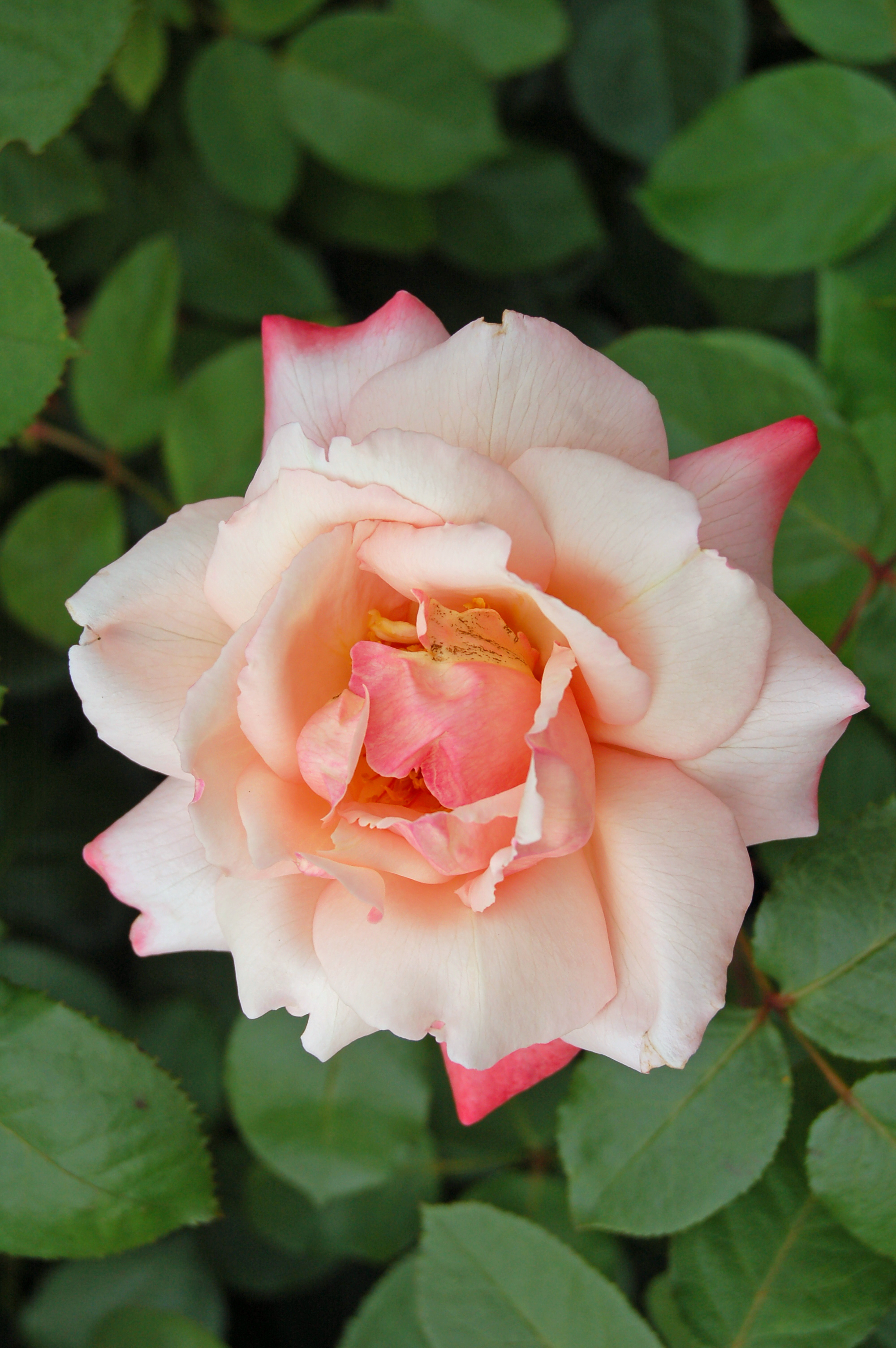
‘Ariosa’, Meilland, 1995
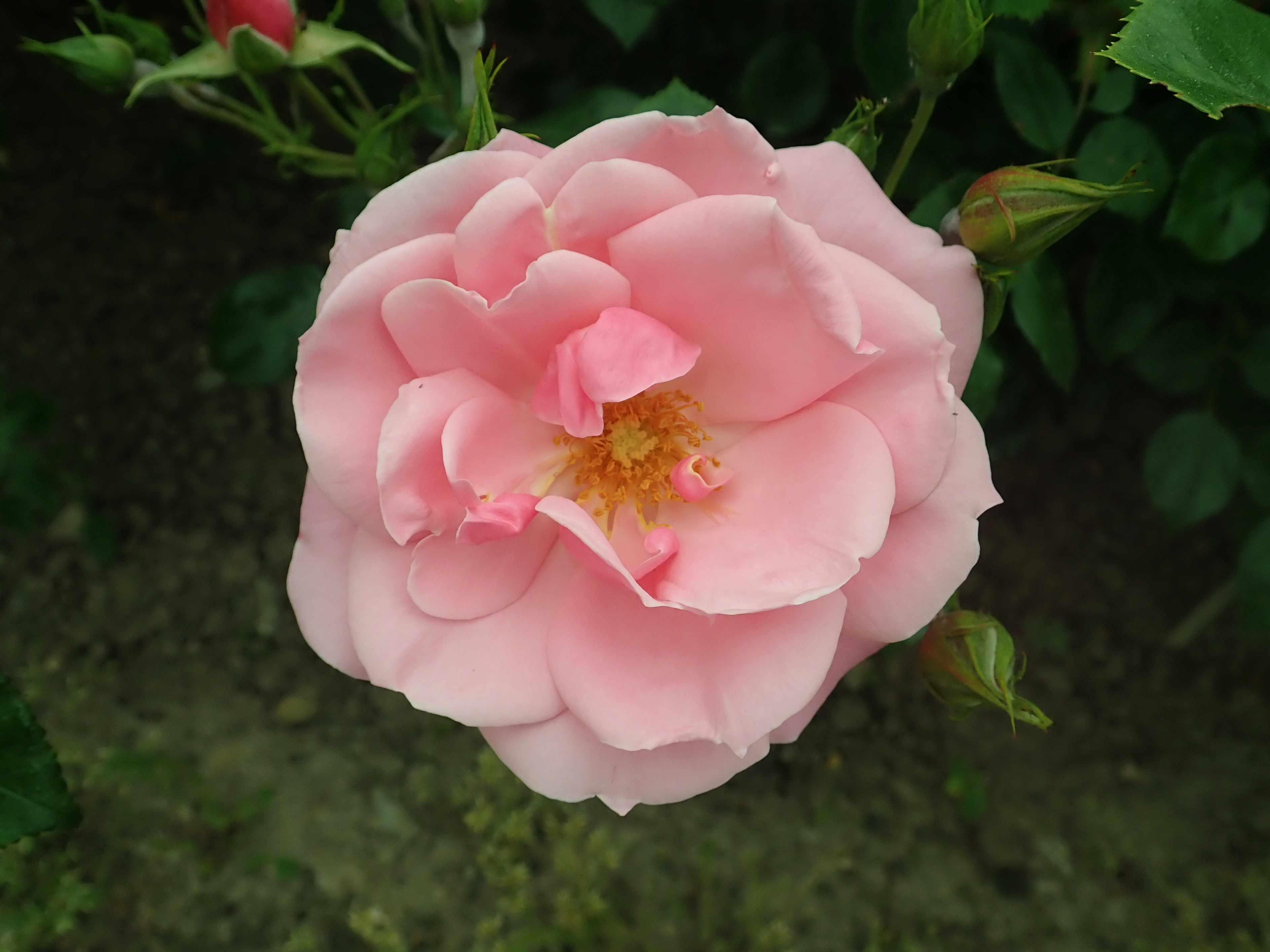
‘Armada’, Harkness, 1988
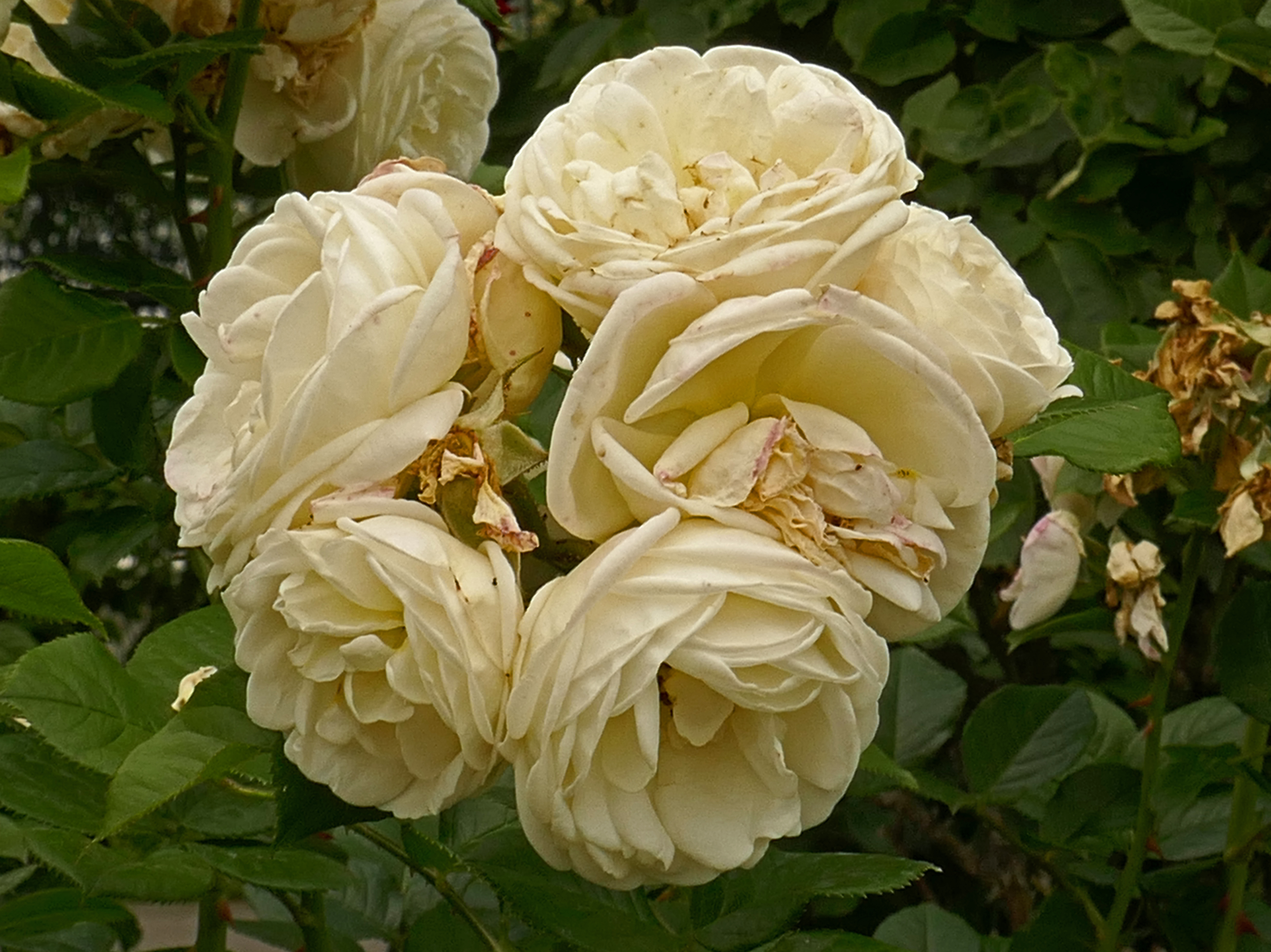
‘Artemis’, Tantau 2009
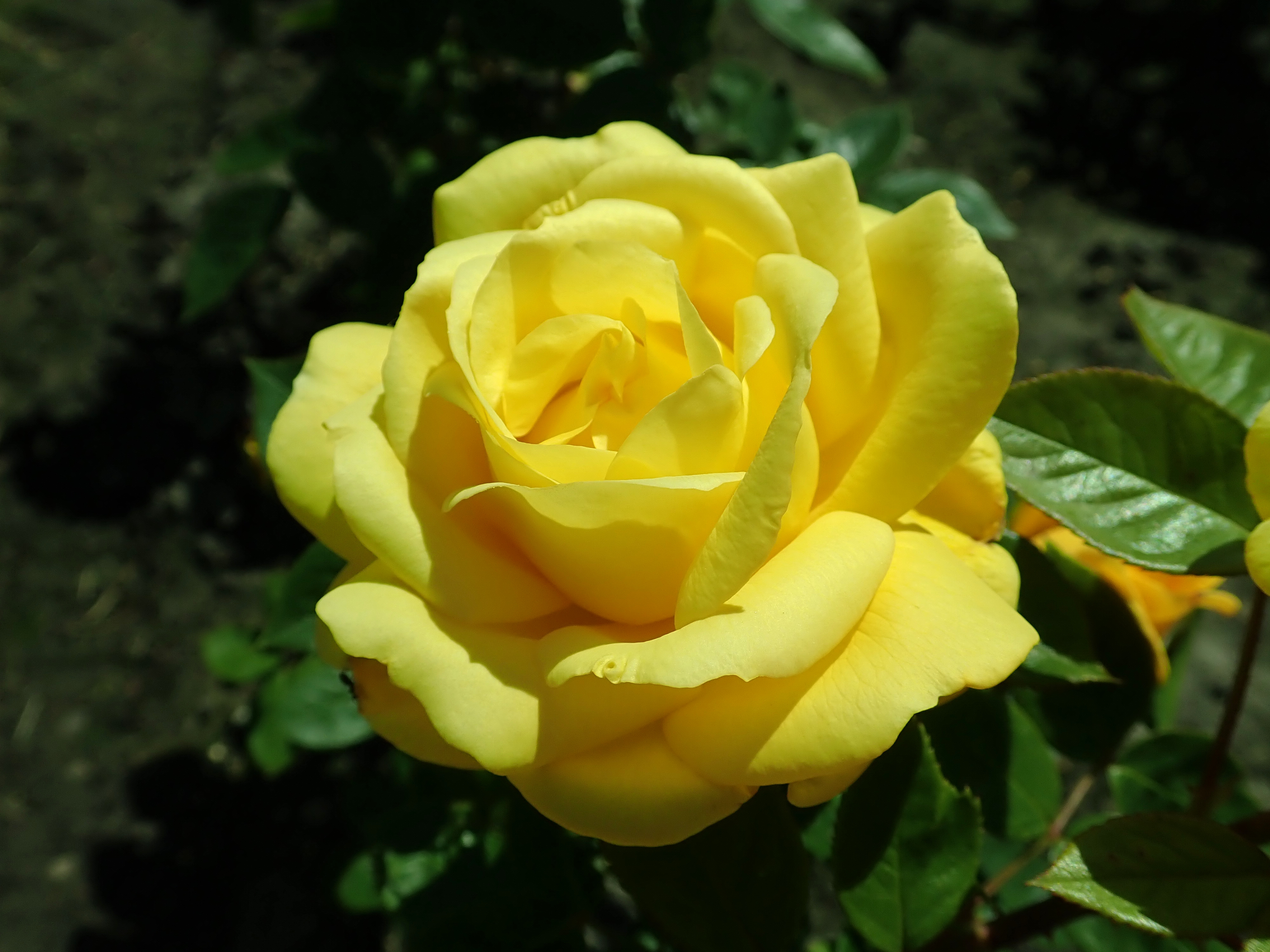
‘Arthur Bell’, Samuel Darragh/McGredy IV, 1959
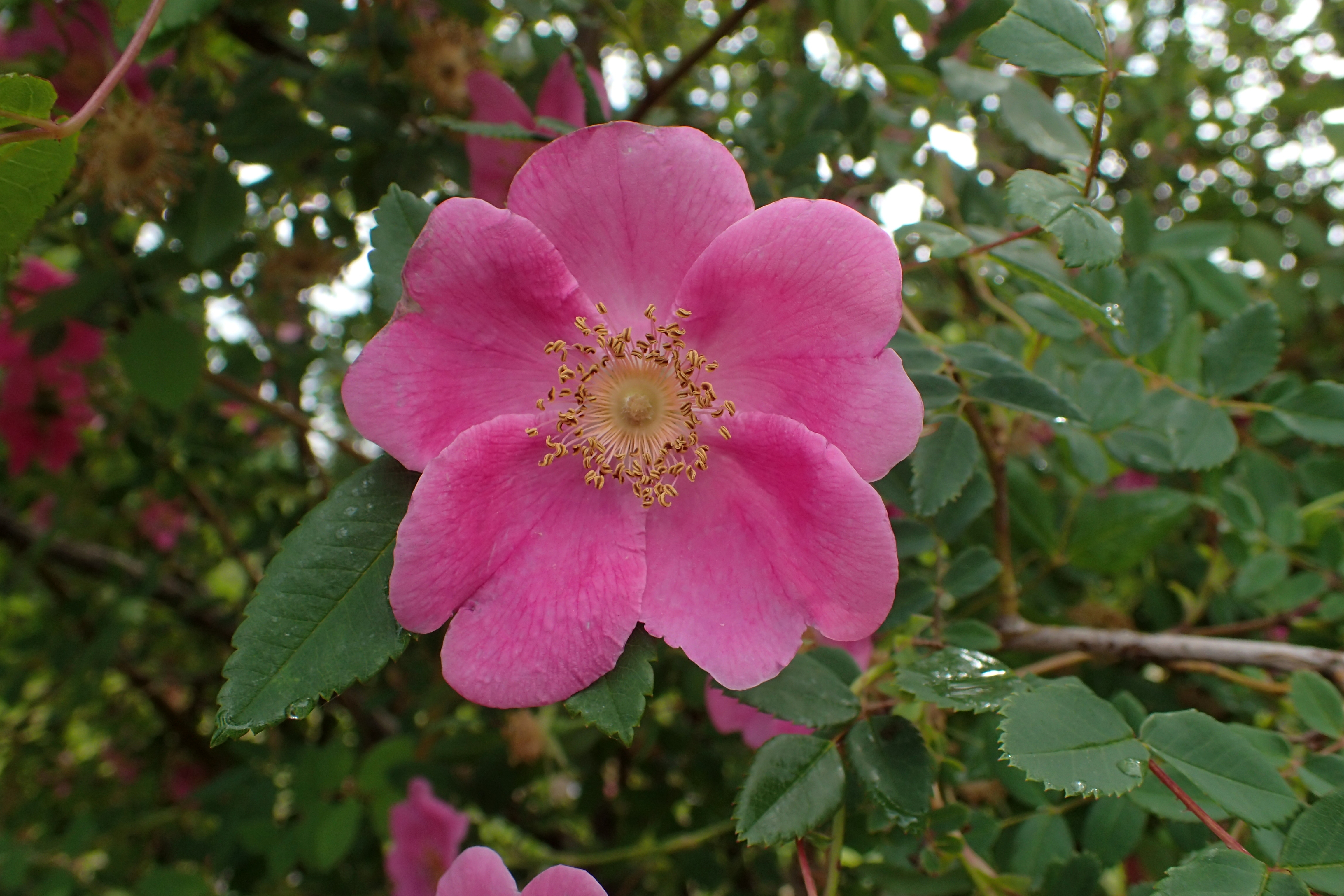
‘Arthur Hillier’, Hillier, 1938
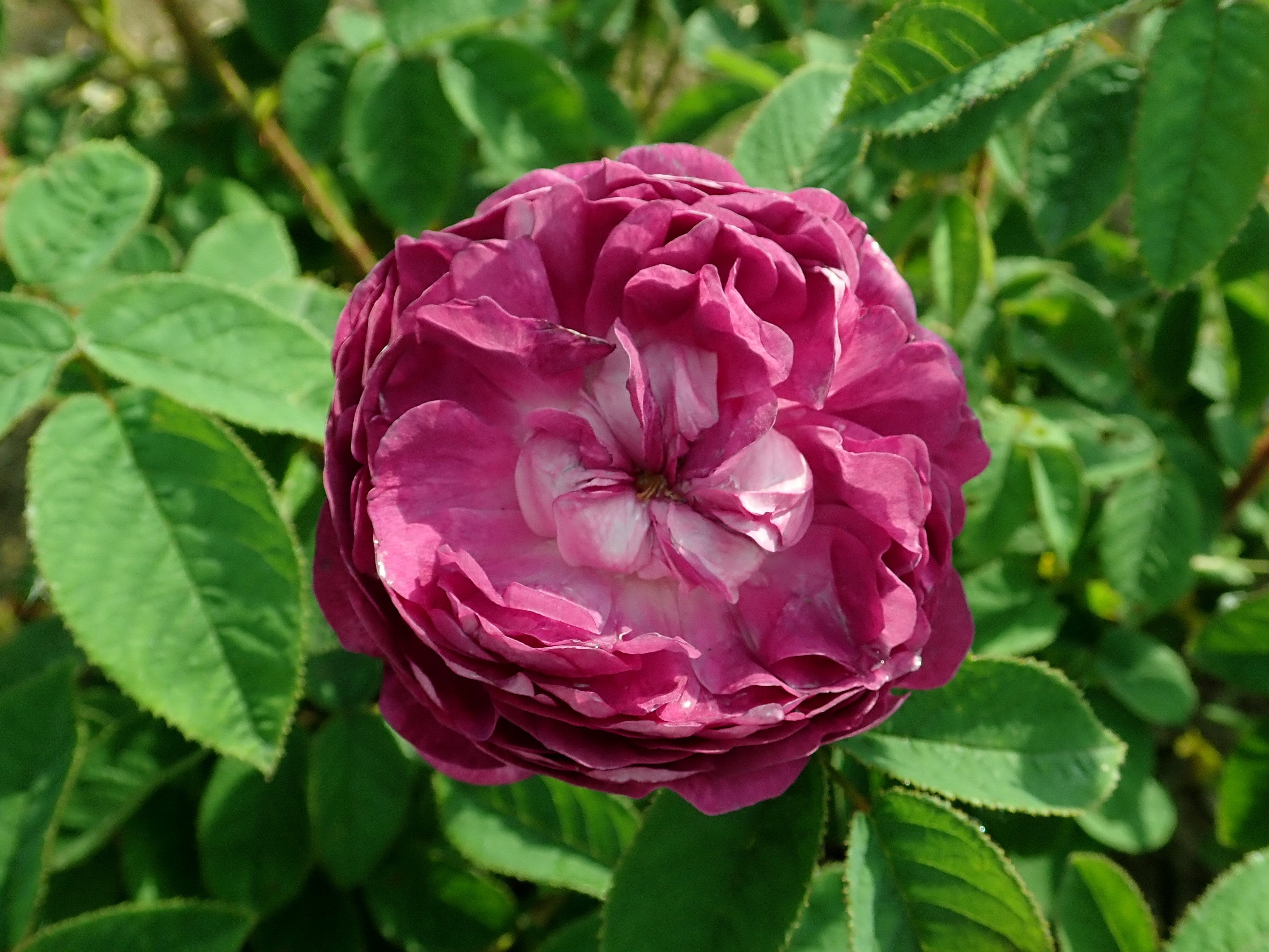
‘Arthur Young’, Portemer fils, 1863
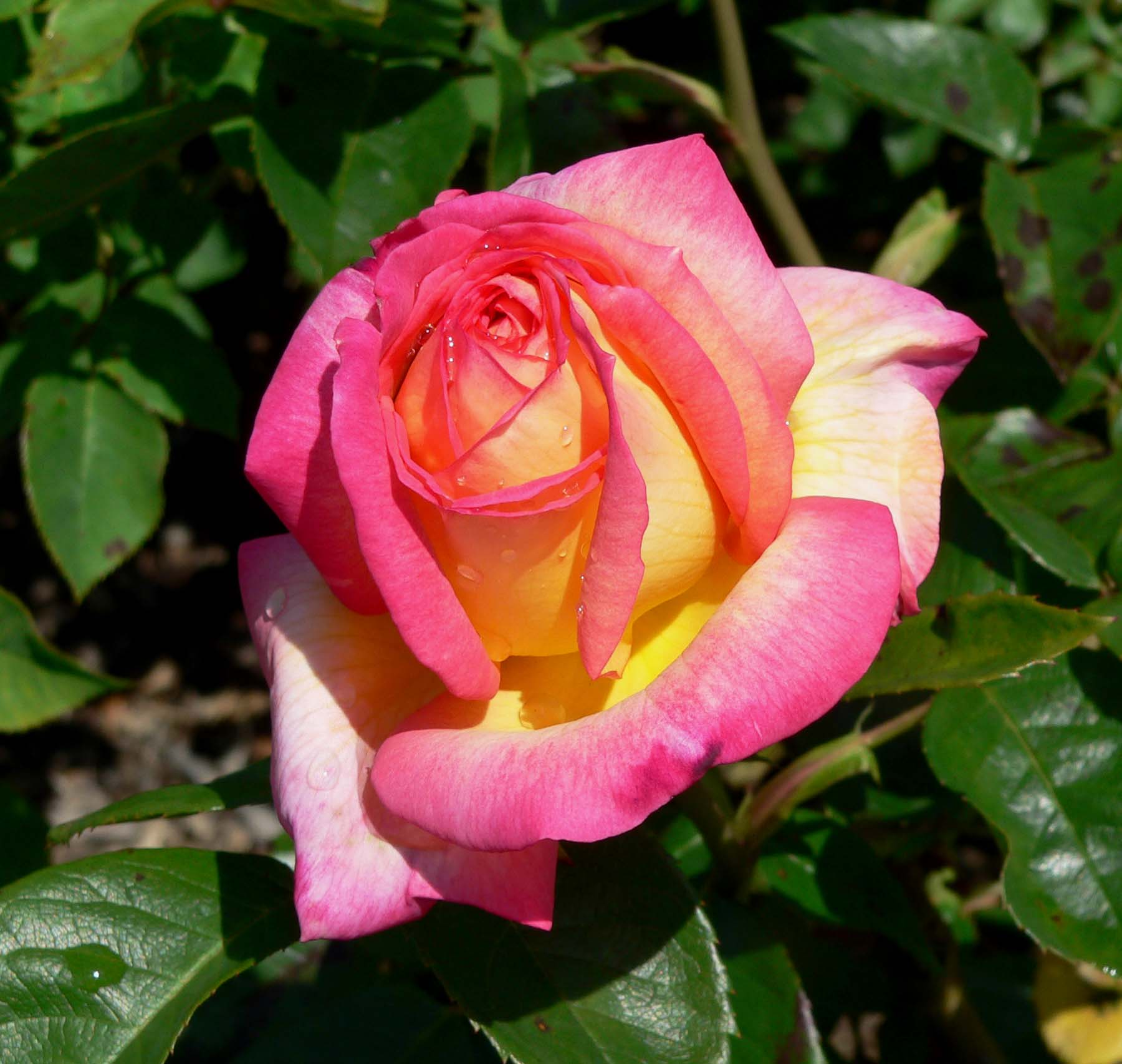
‘Asagumo’, Suzuki, 1983
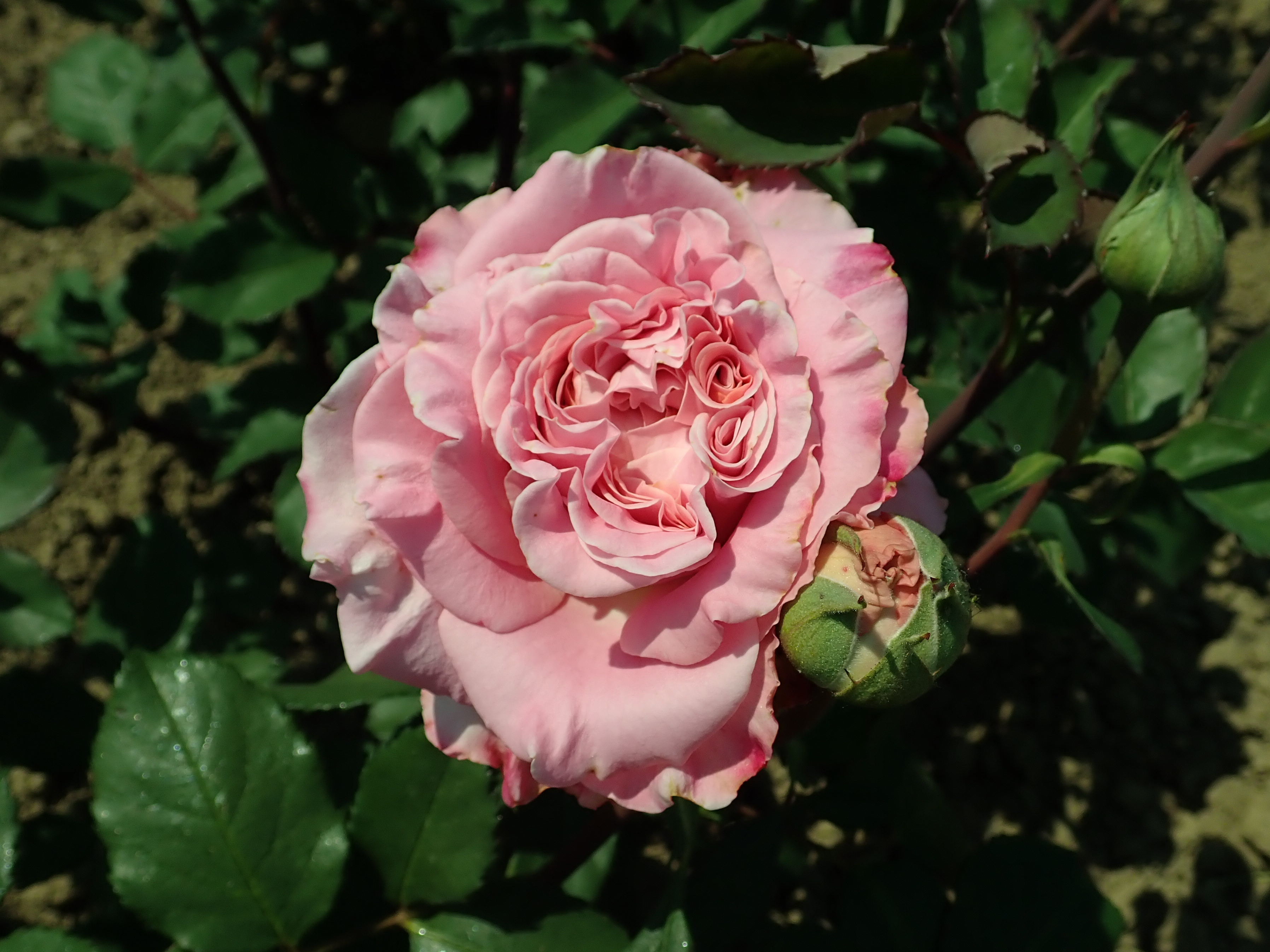
‘Ashley’, Evers/Tantau, 2008
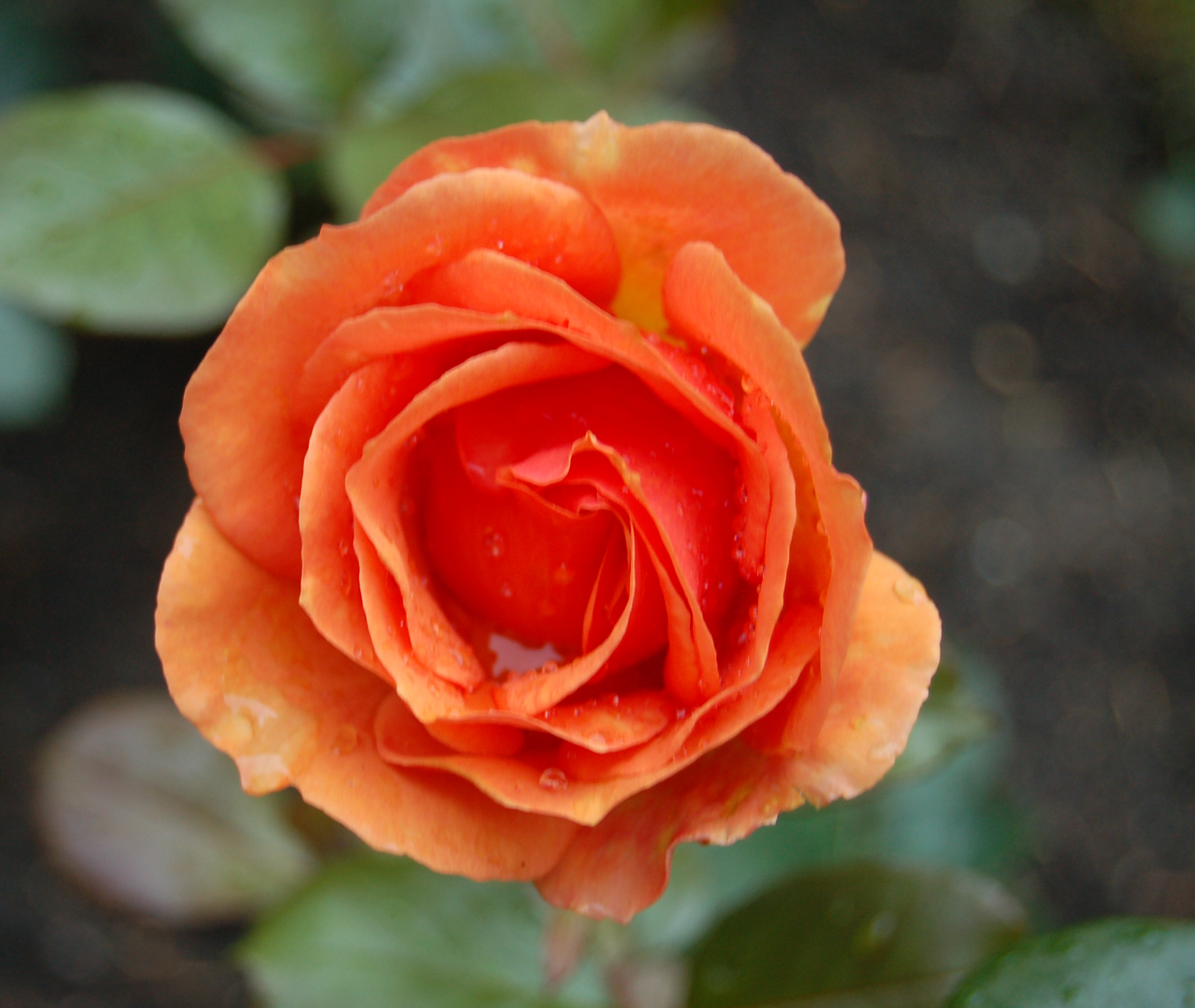
‘Ashram’, Tantau, 1999
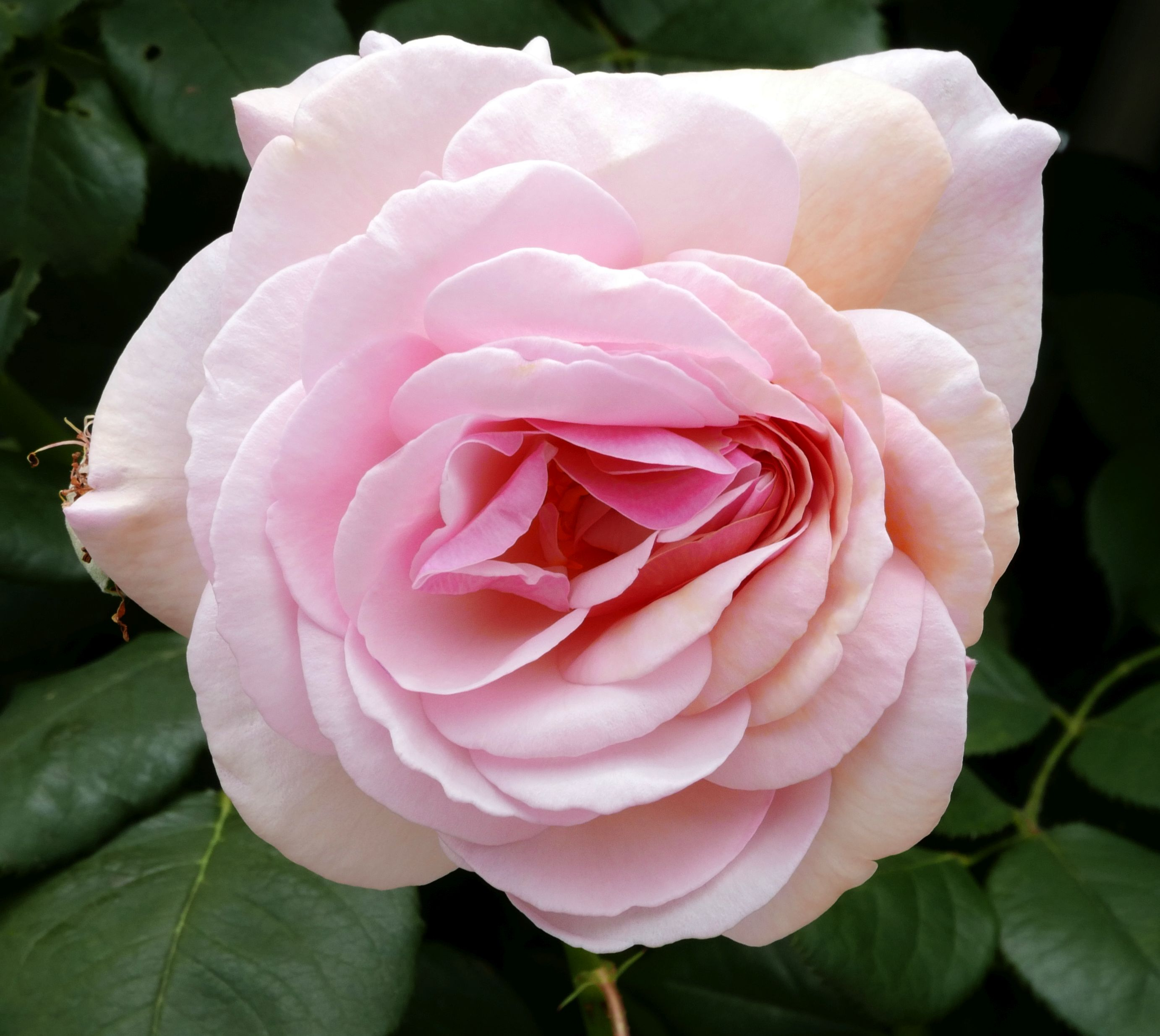
‘A Shropshire Lad’, Austin, 1996
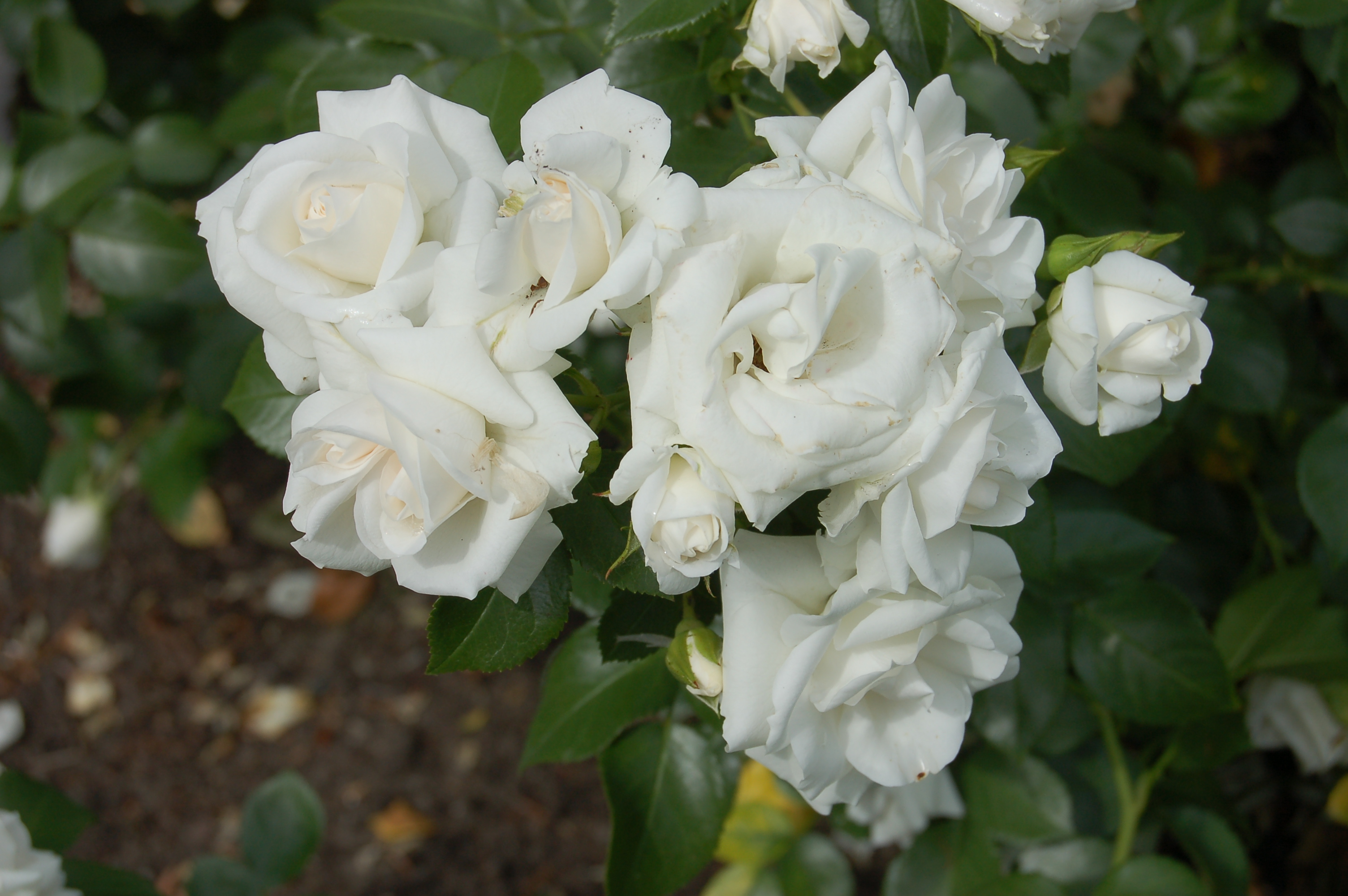
‘Aspirin-Rose’, Tantau, 1997
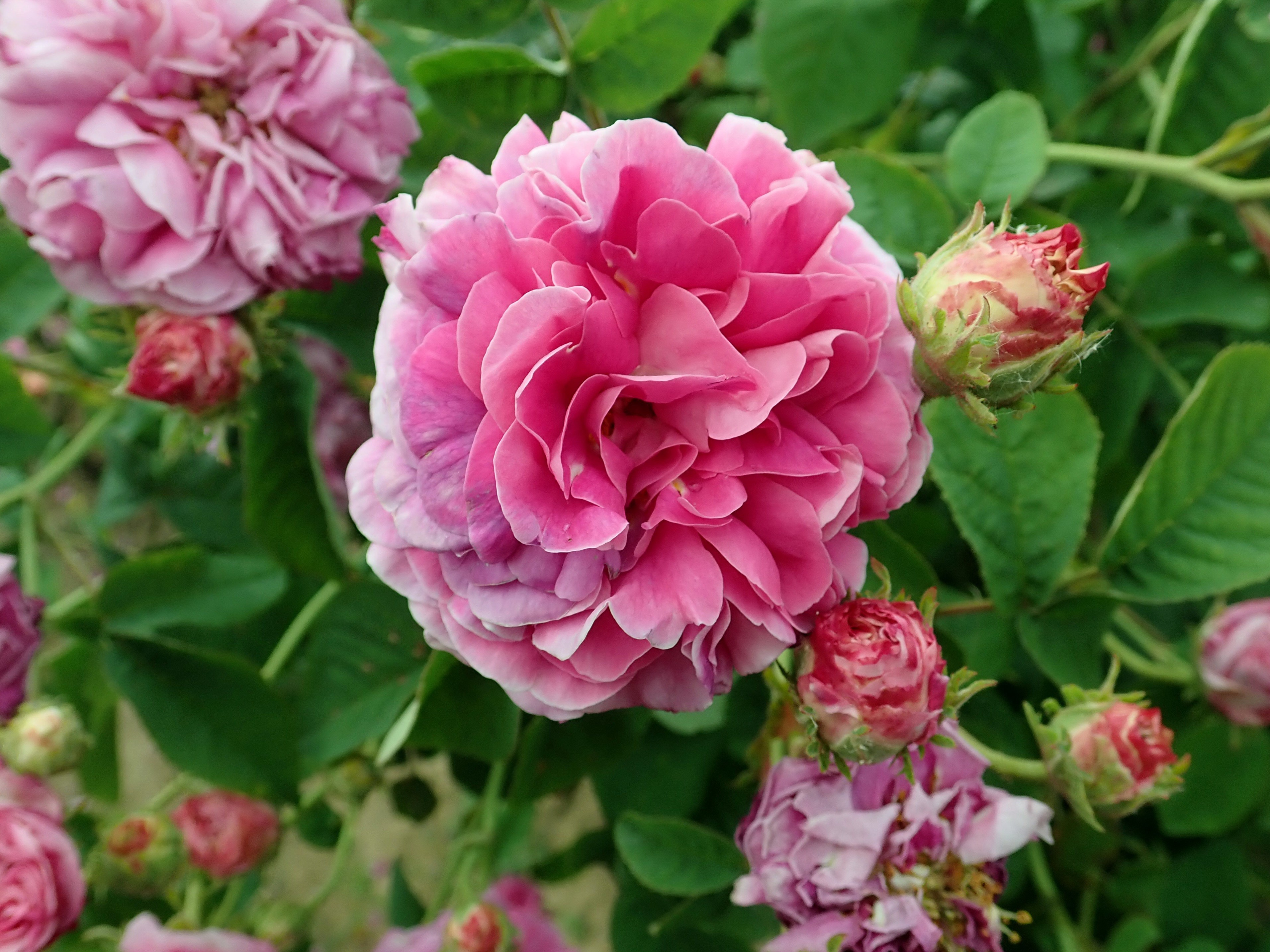
‘Assemblage de Beautés’, Angers, 1823
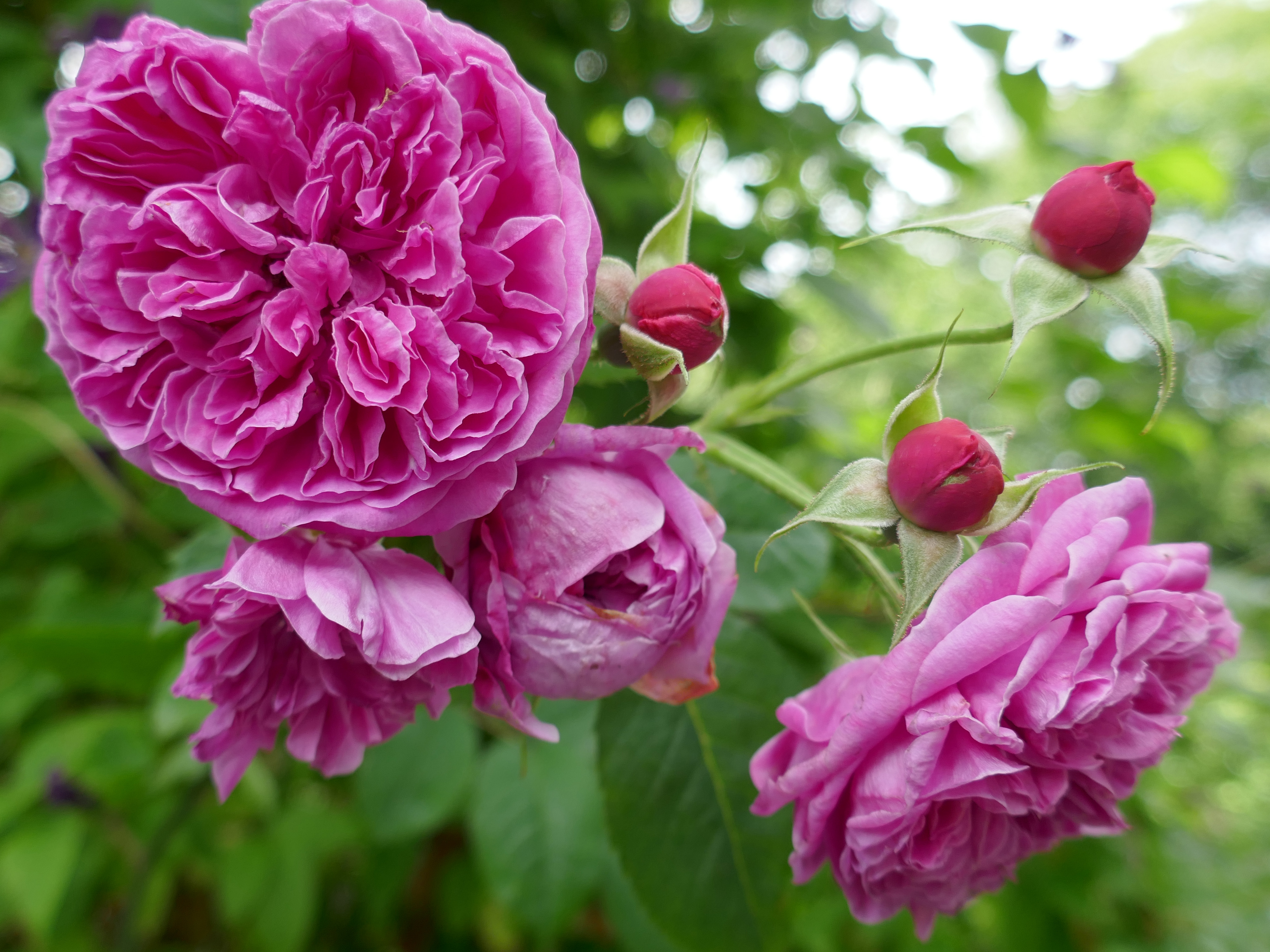
‘Asta von Parpart’, Rudolf Geschwind, 1909
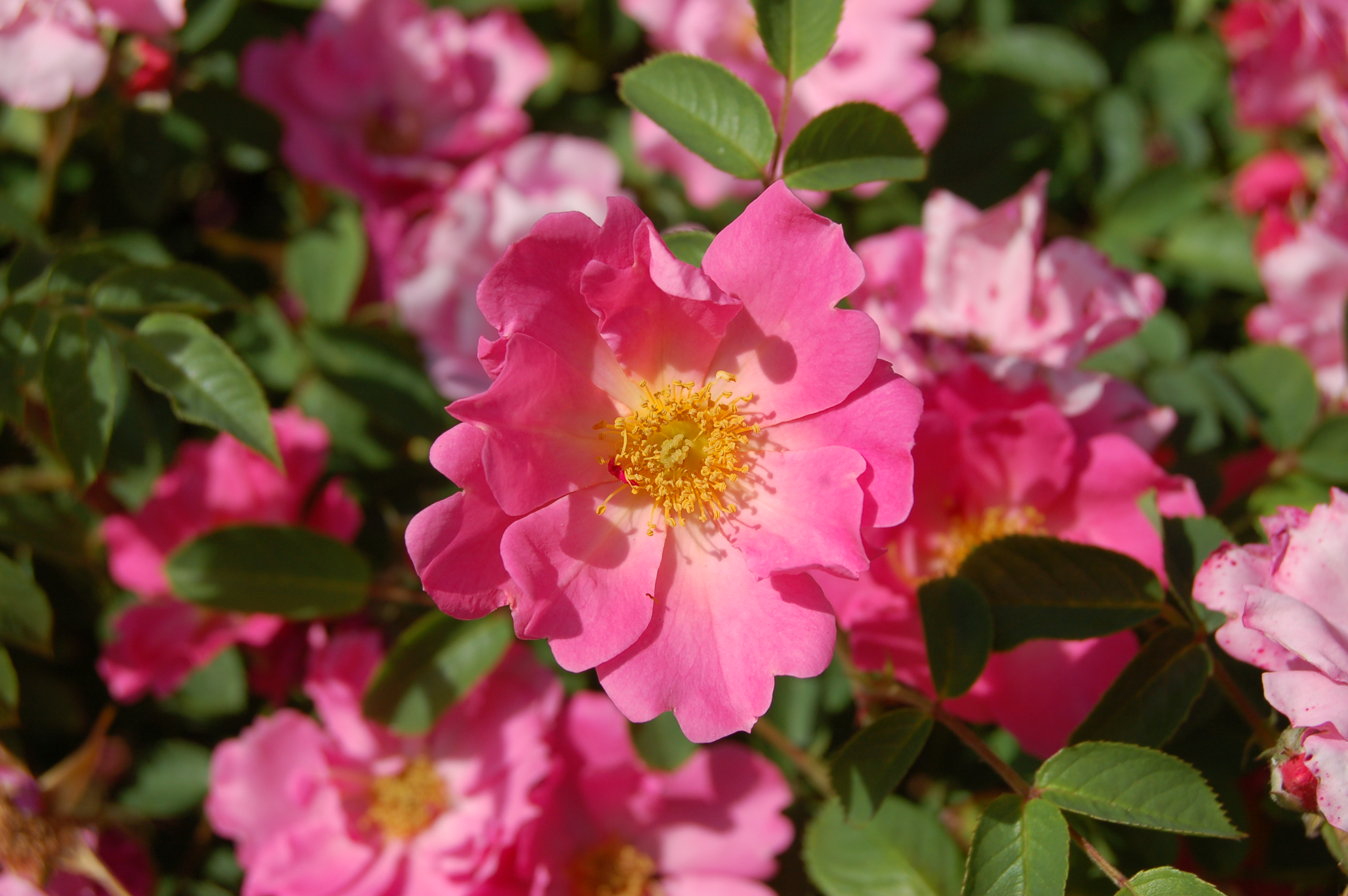
‘Astrid Lindgren’, Poulsen, 1989
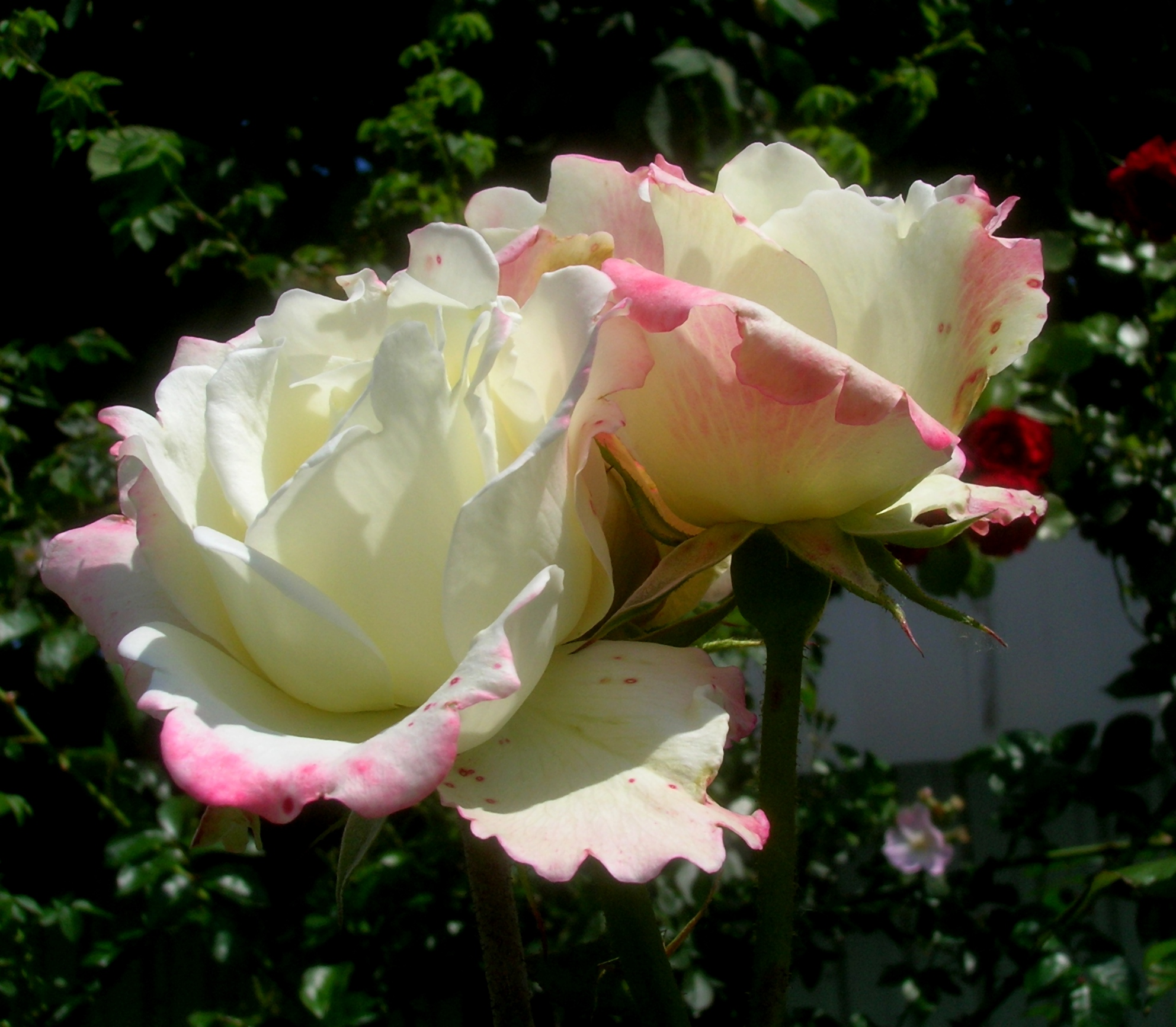
‘Athena’, Kordes, 1984
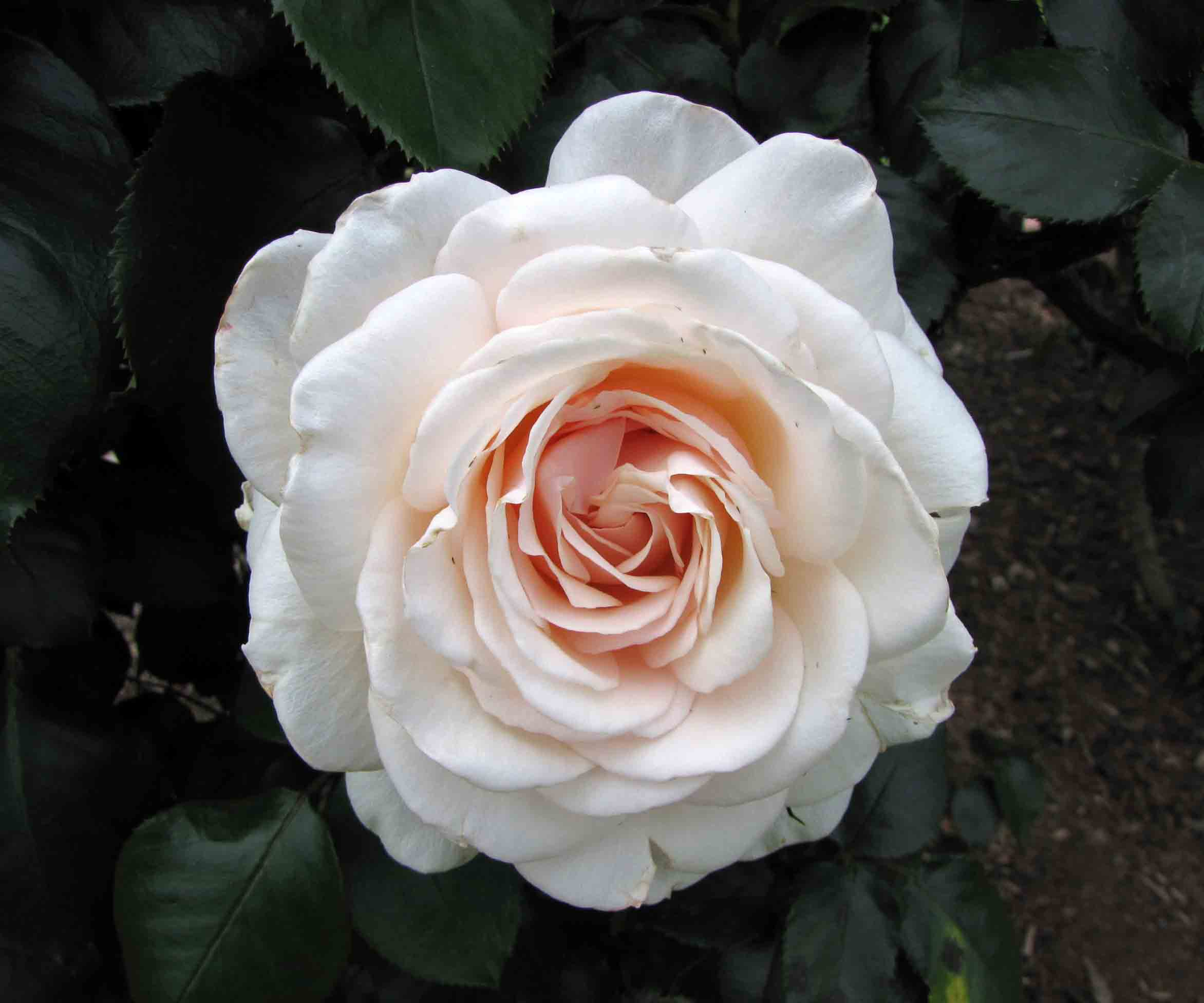
‘Auckland Metro’ (auch: ‘Métro’, ‘Precious Michelle’), McGredy, 1982
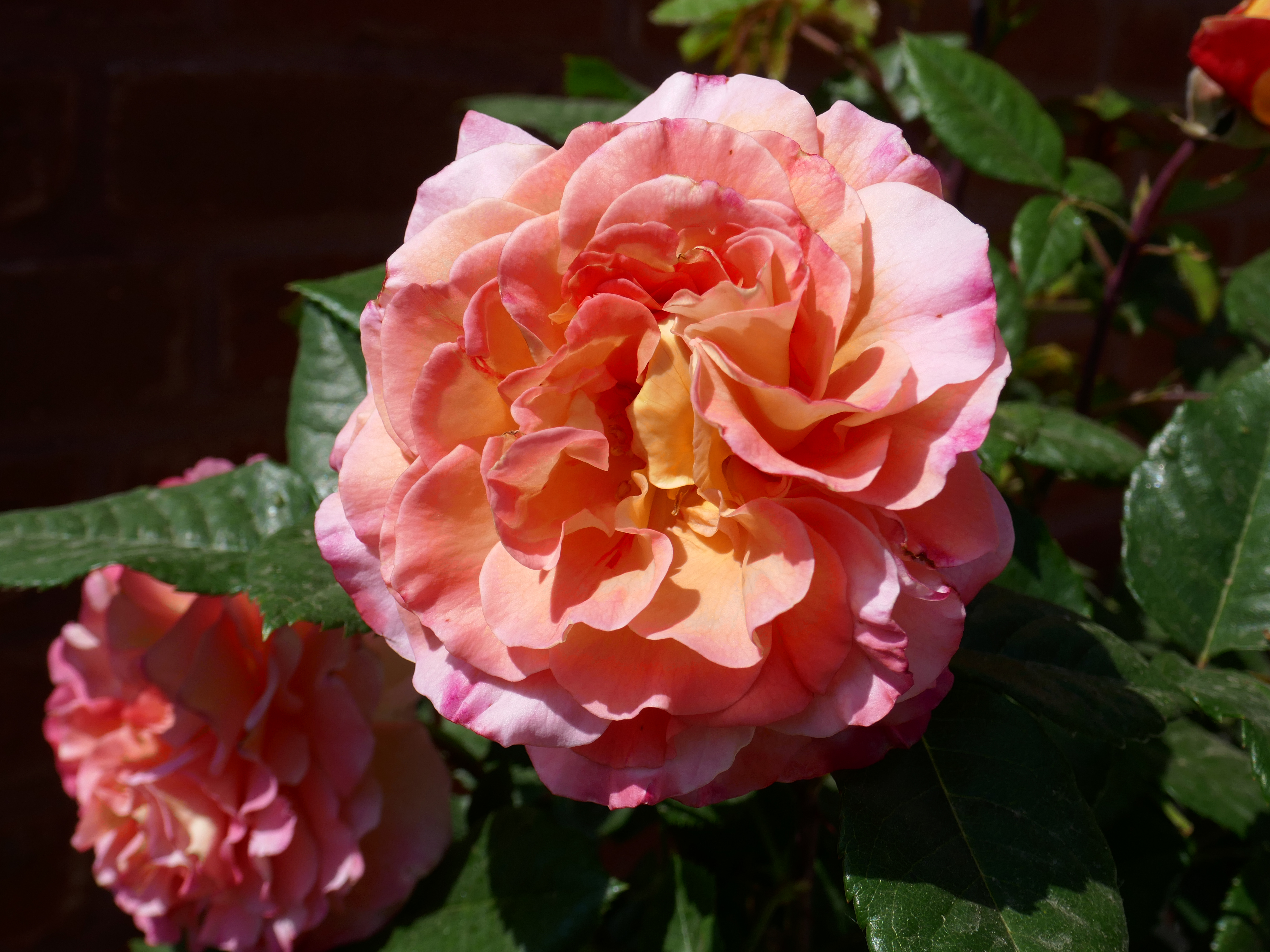
‘Augusta Luise’, Tantau, 1999
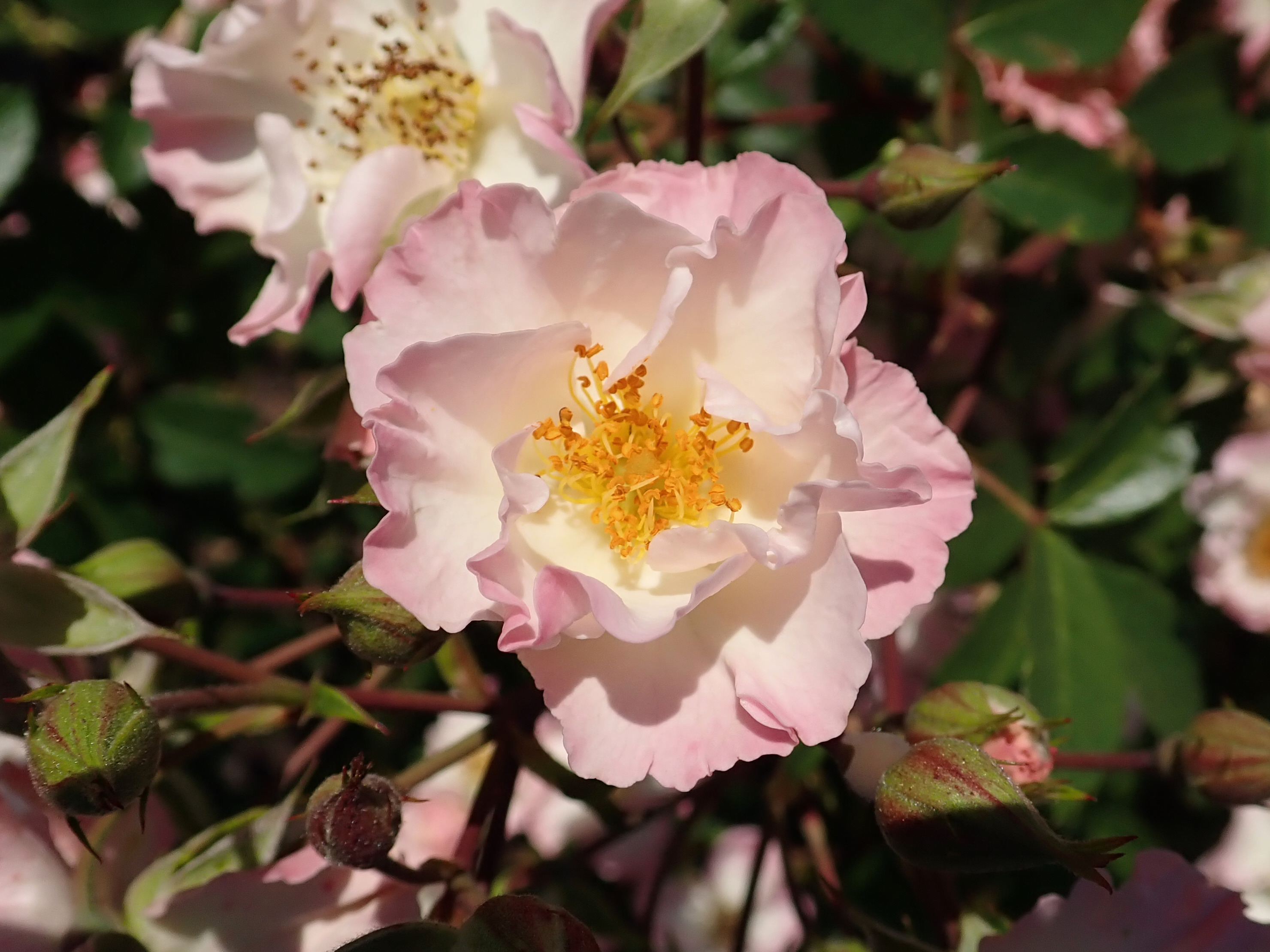
‘August Deusser’, Martin Vissers, 2014
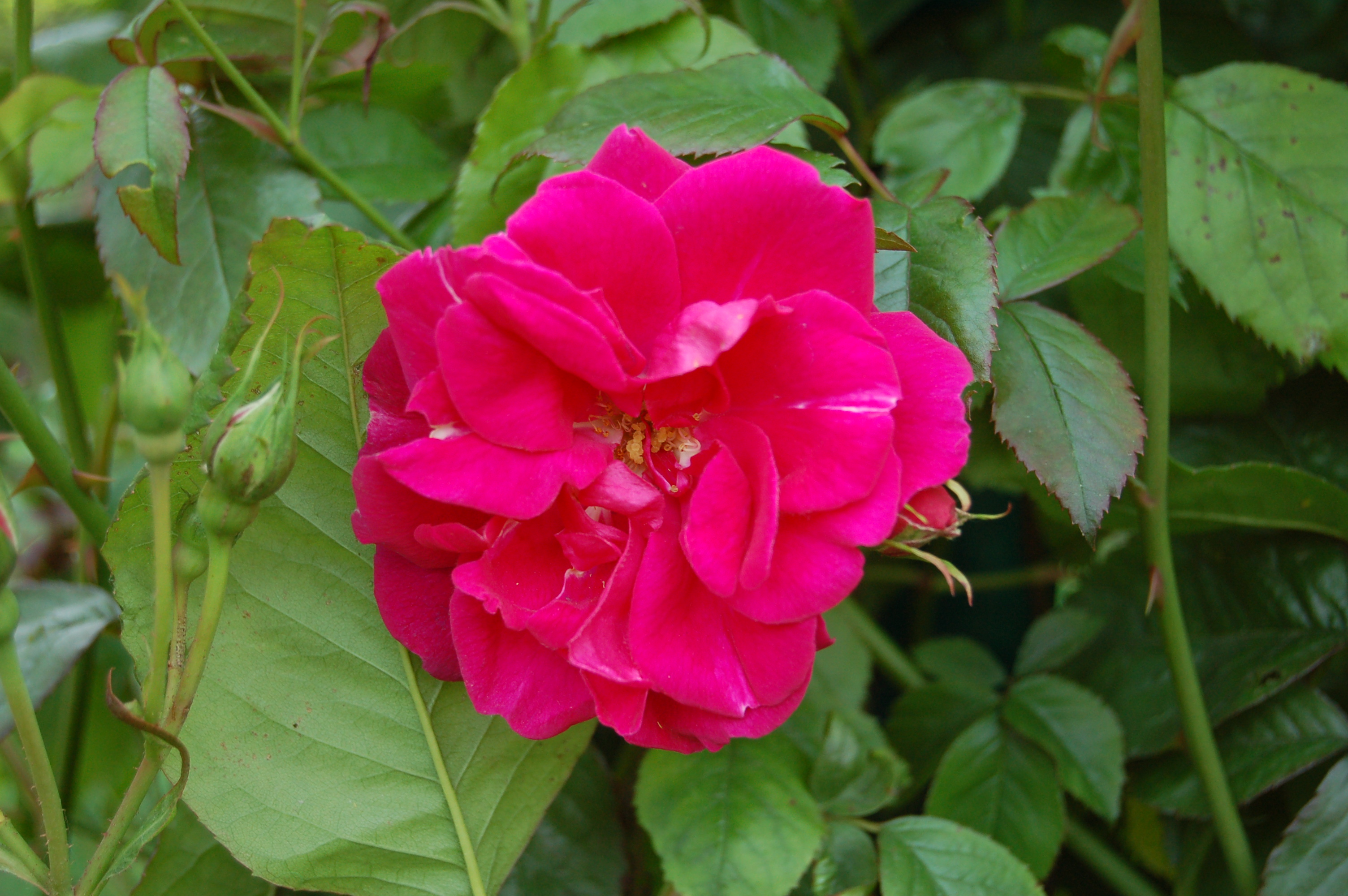
‘Auguste Kordes’, Kordes, 1928
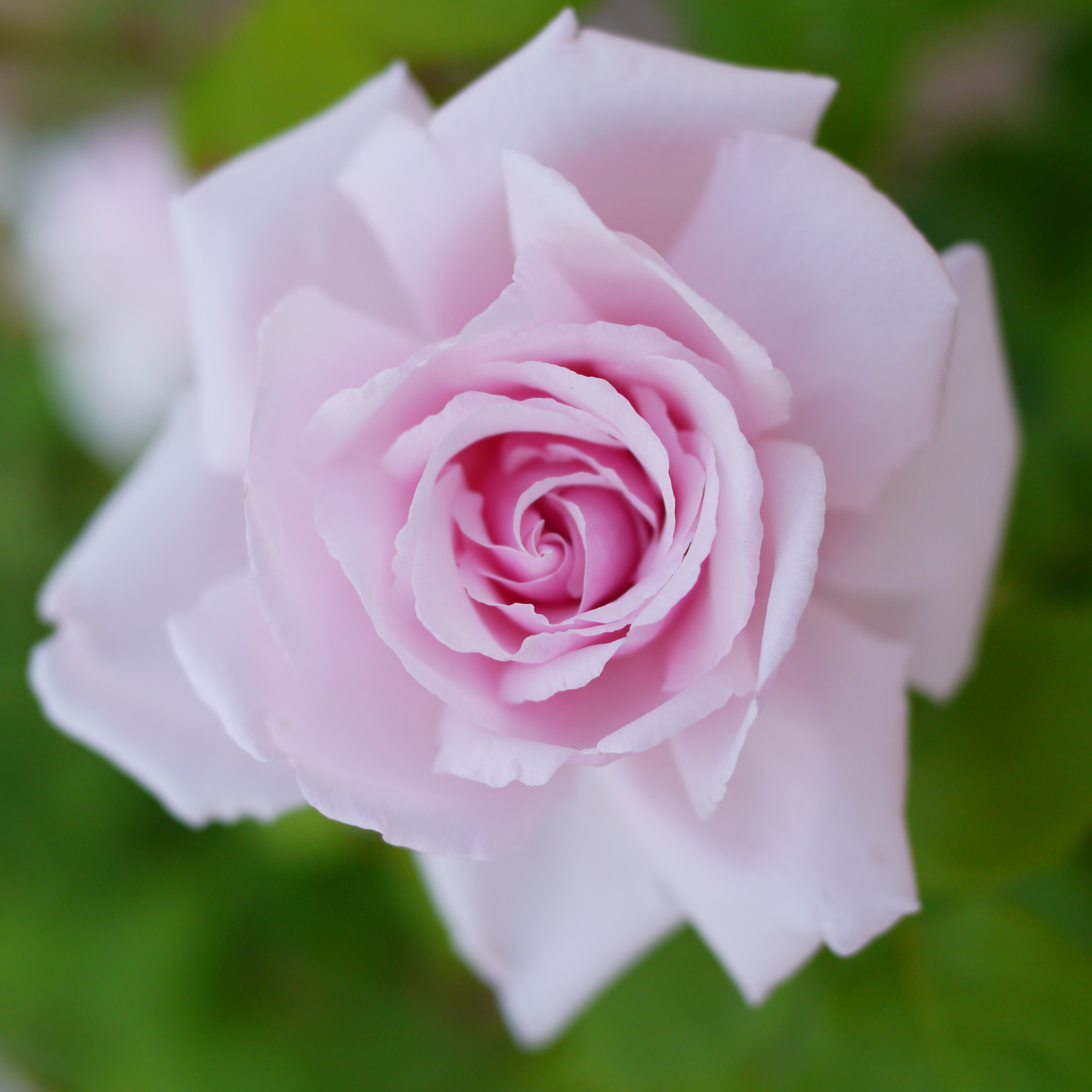
‘Augustine Guinoiseau’, Bertrand Guinoisseau-Flon, 1889
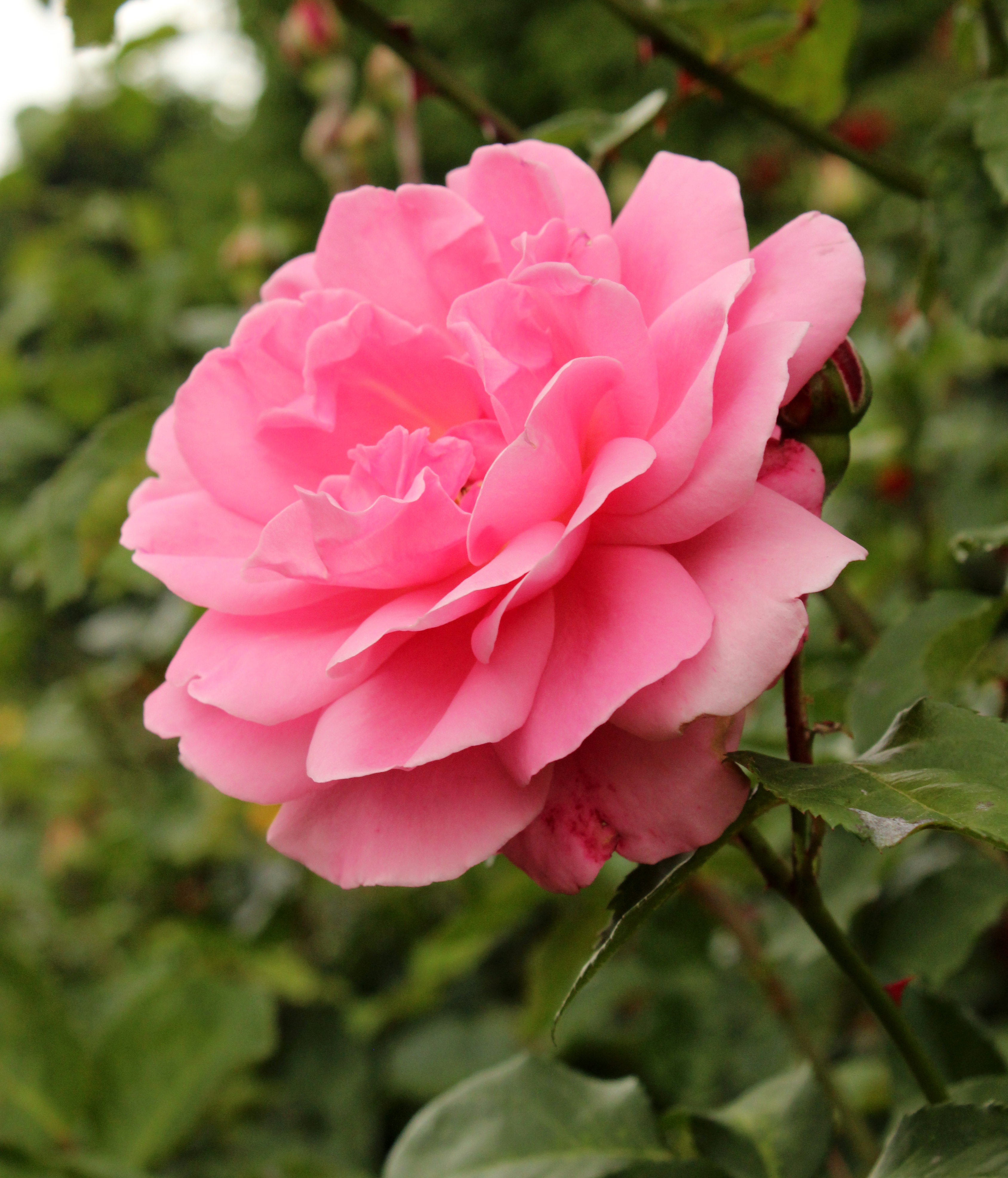
‘August Seebauer’ (auch: ‘Queen Mother’), Kordes, 1944
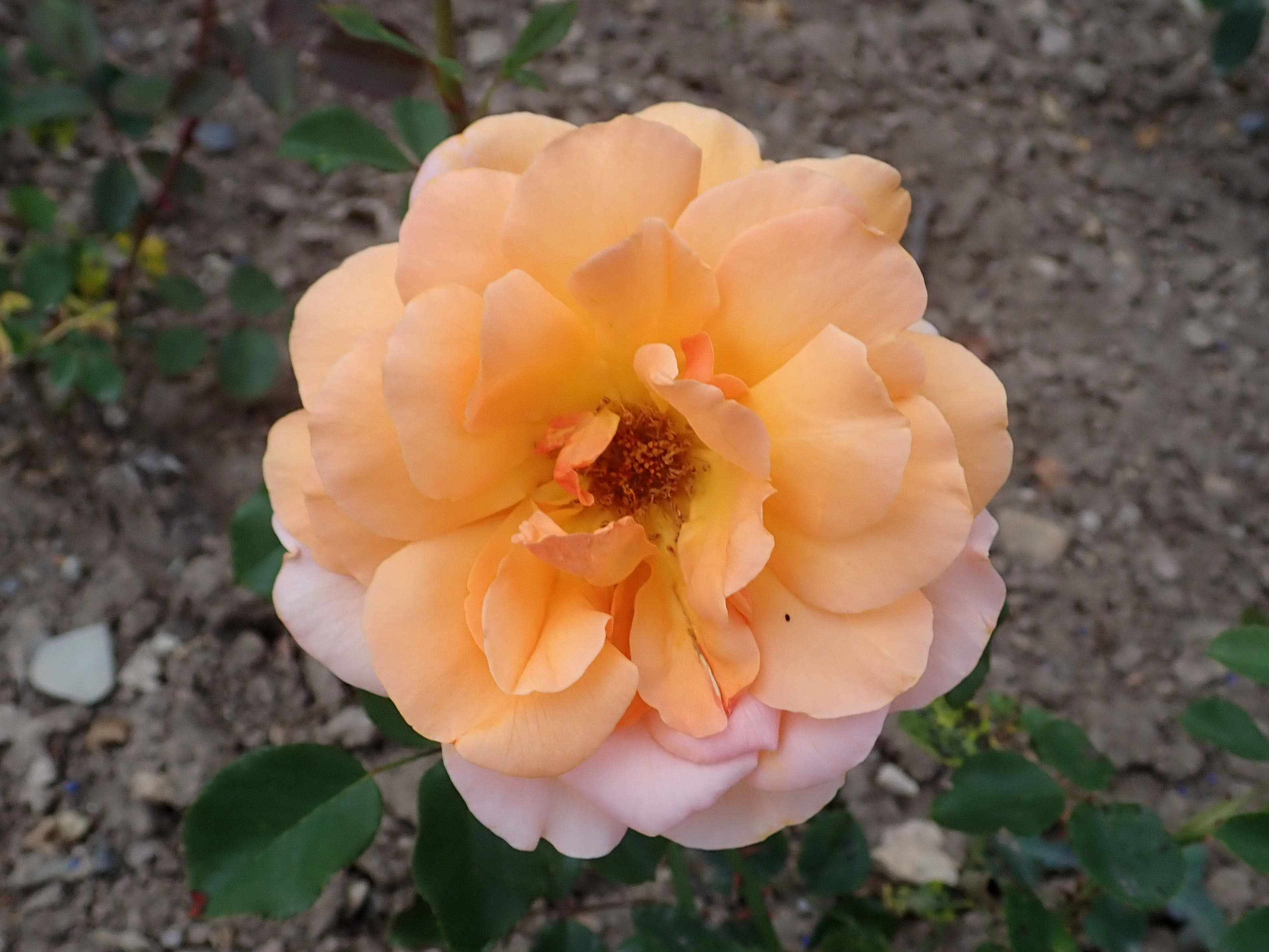
‘Aurea’, Meilland, 1987
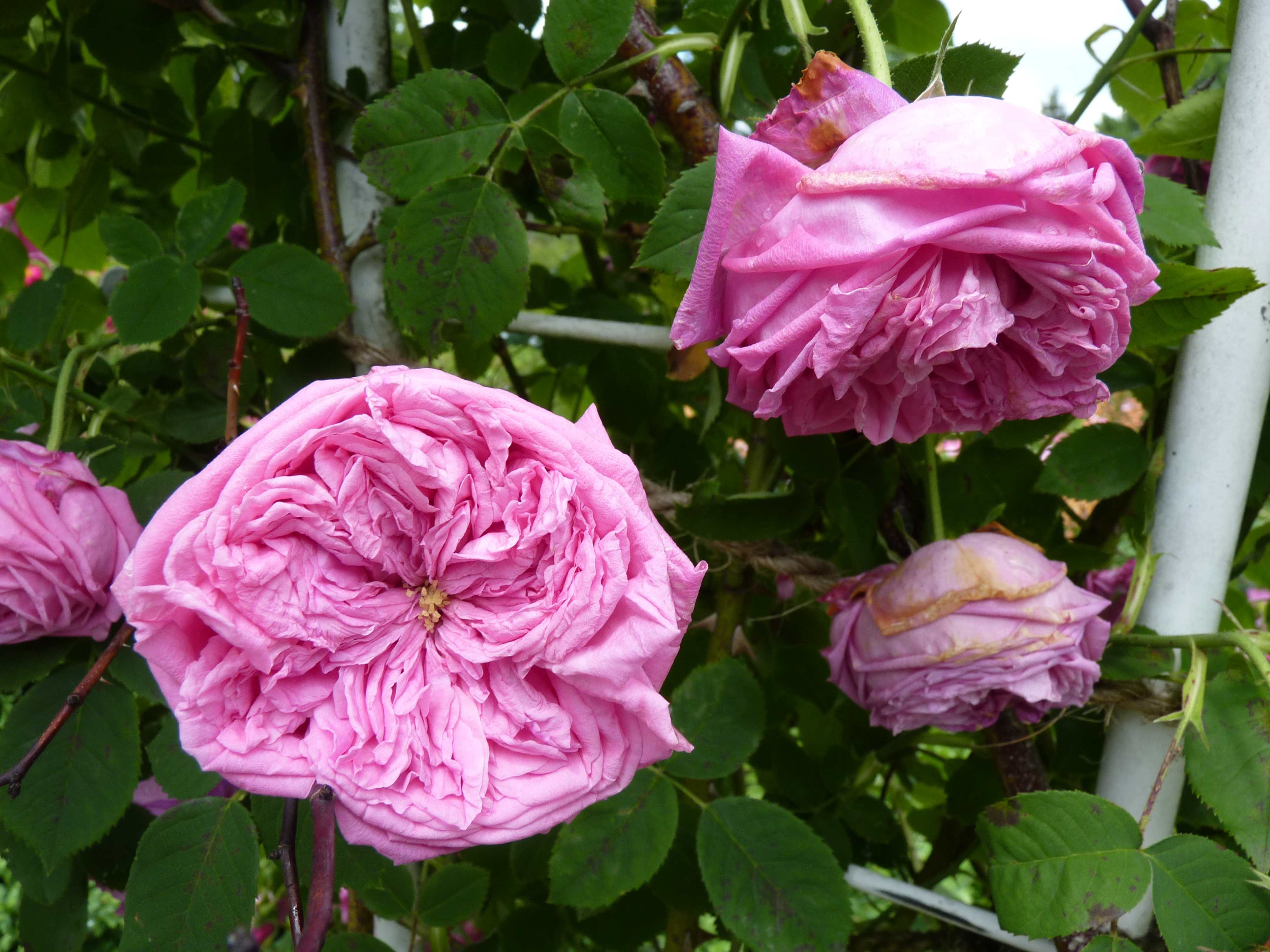
‘Aurelia Liffa’, Geschwind, 1886
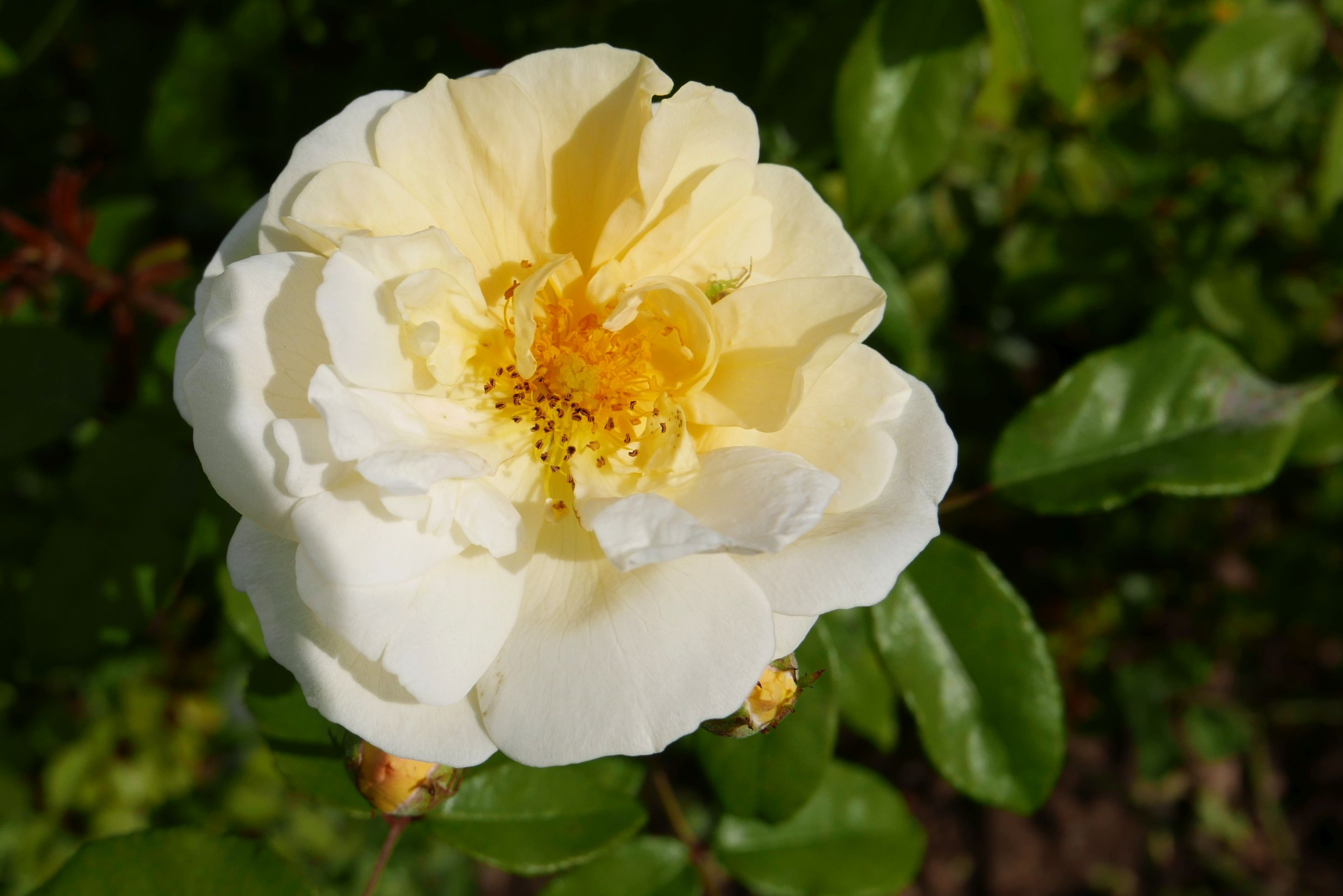
‘Aurora’, Pemberton, 1923
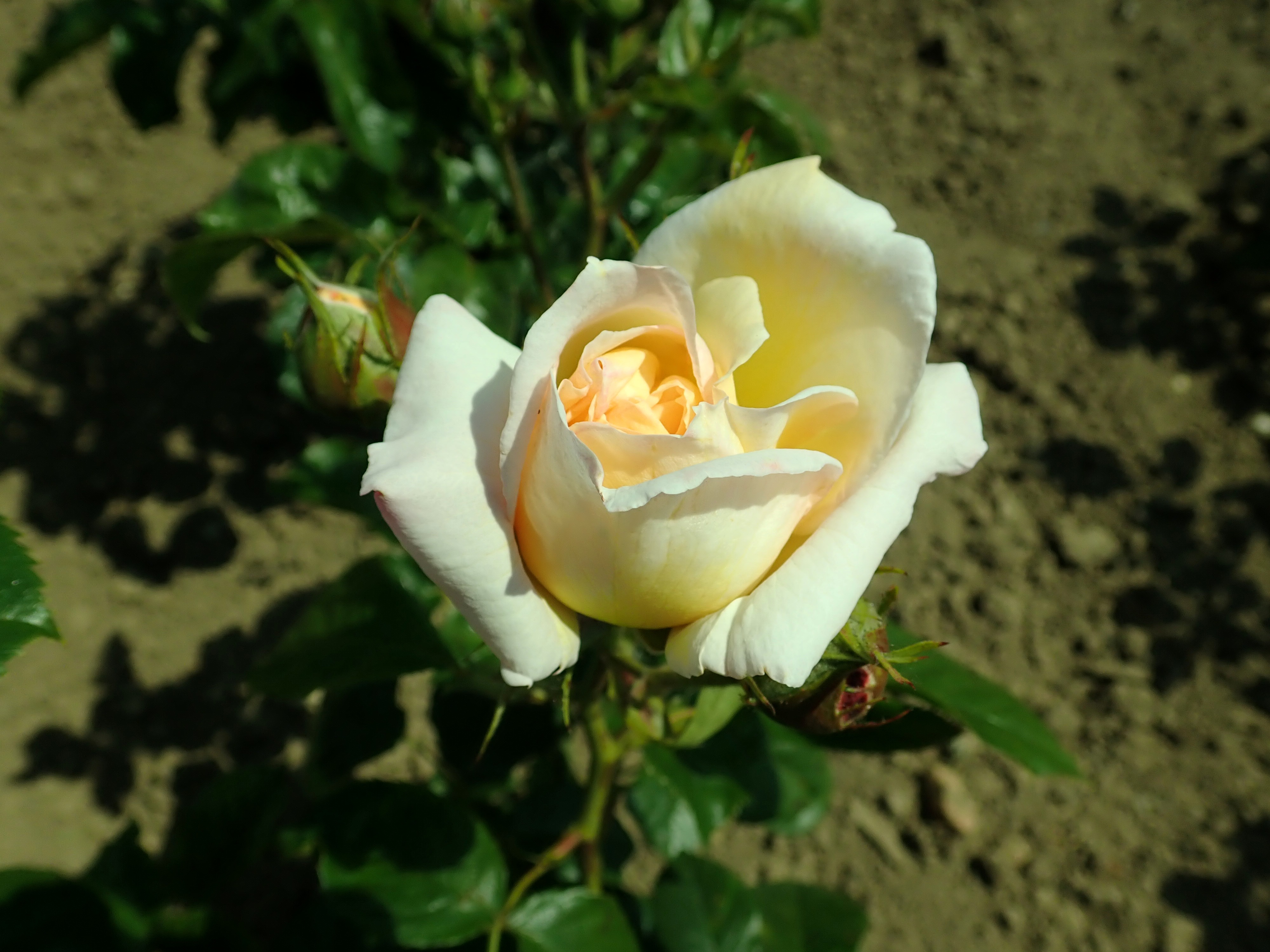
‘Aurora von Königsmarck’, Meilland, 2013
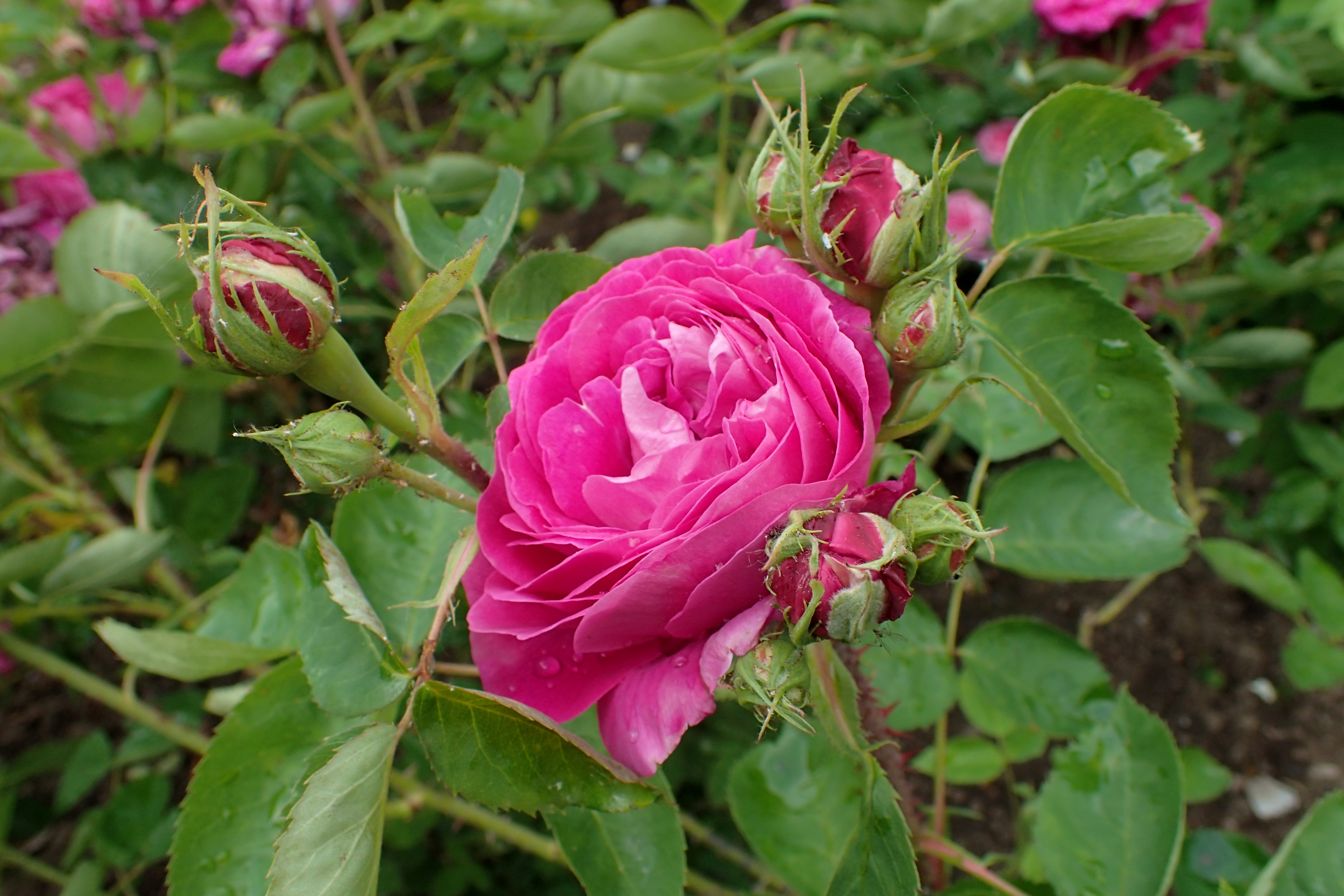
‘Aurore du Matin’, Phillip H. Roland, 1857
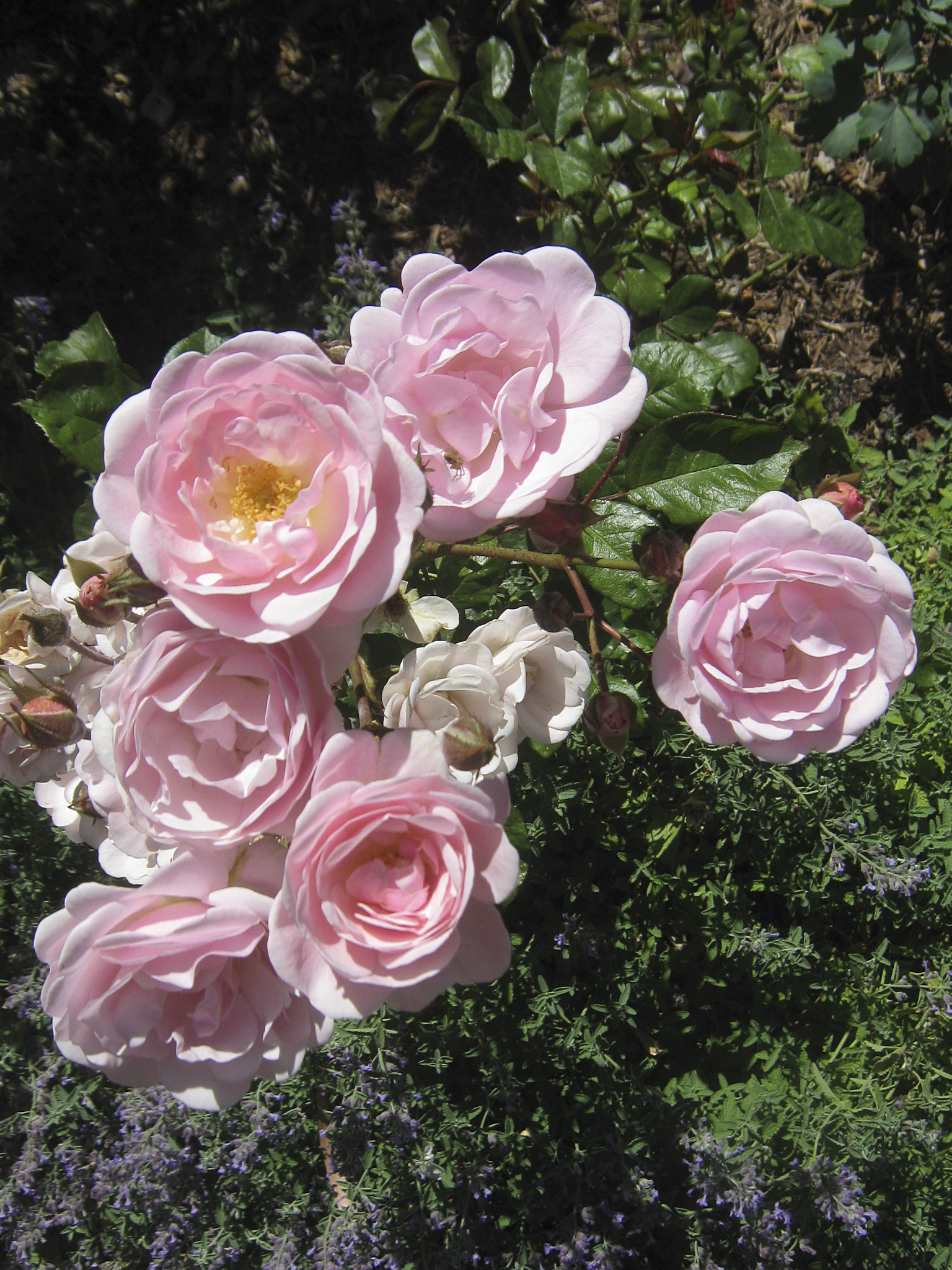
‘Australia Felix’, Alister Clark, 1919
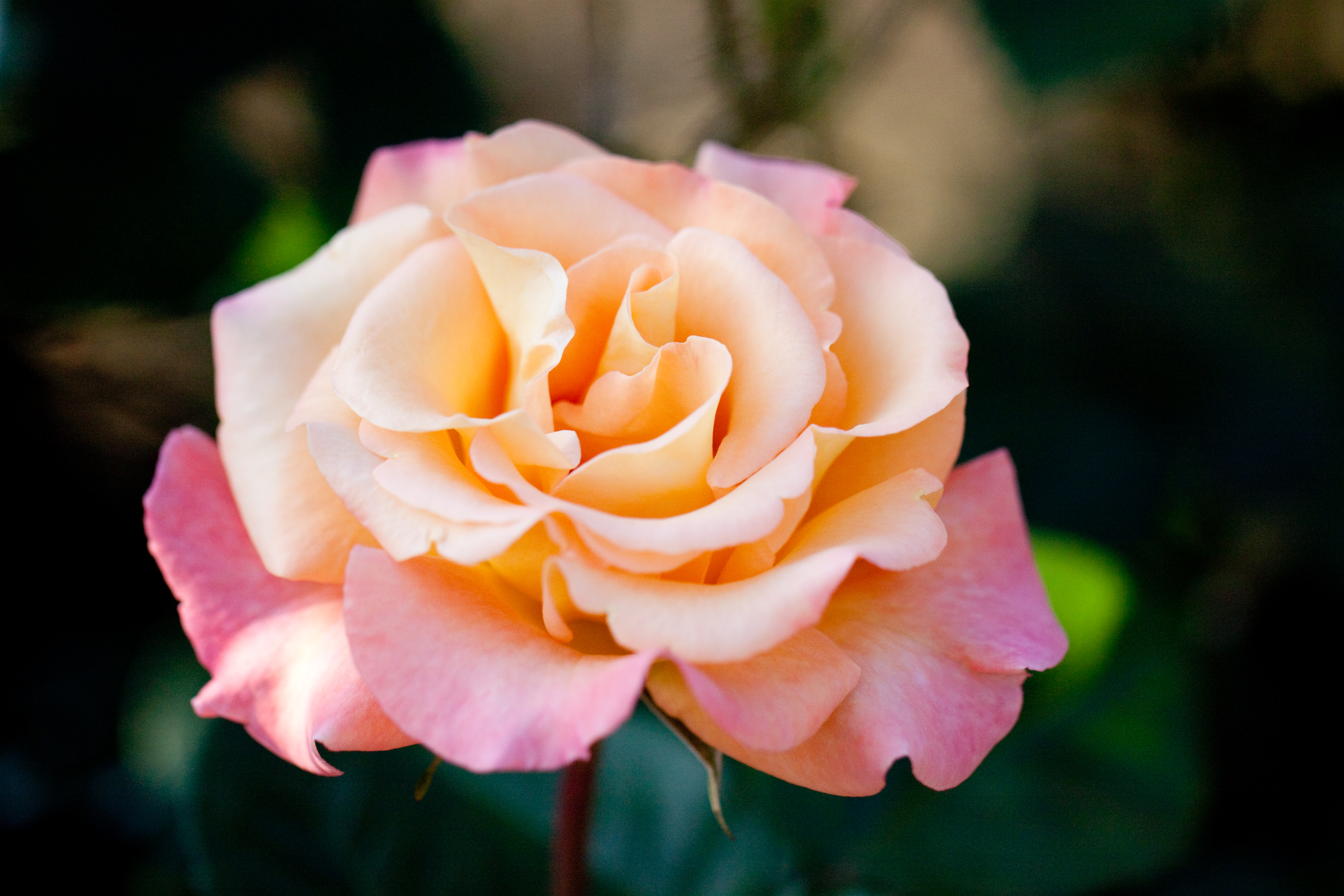
‘Australian Gold’ (oder ‘Mona Lisa’), Kordes, 1980
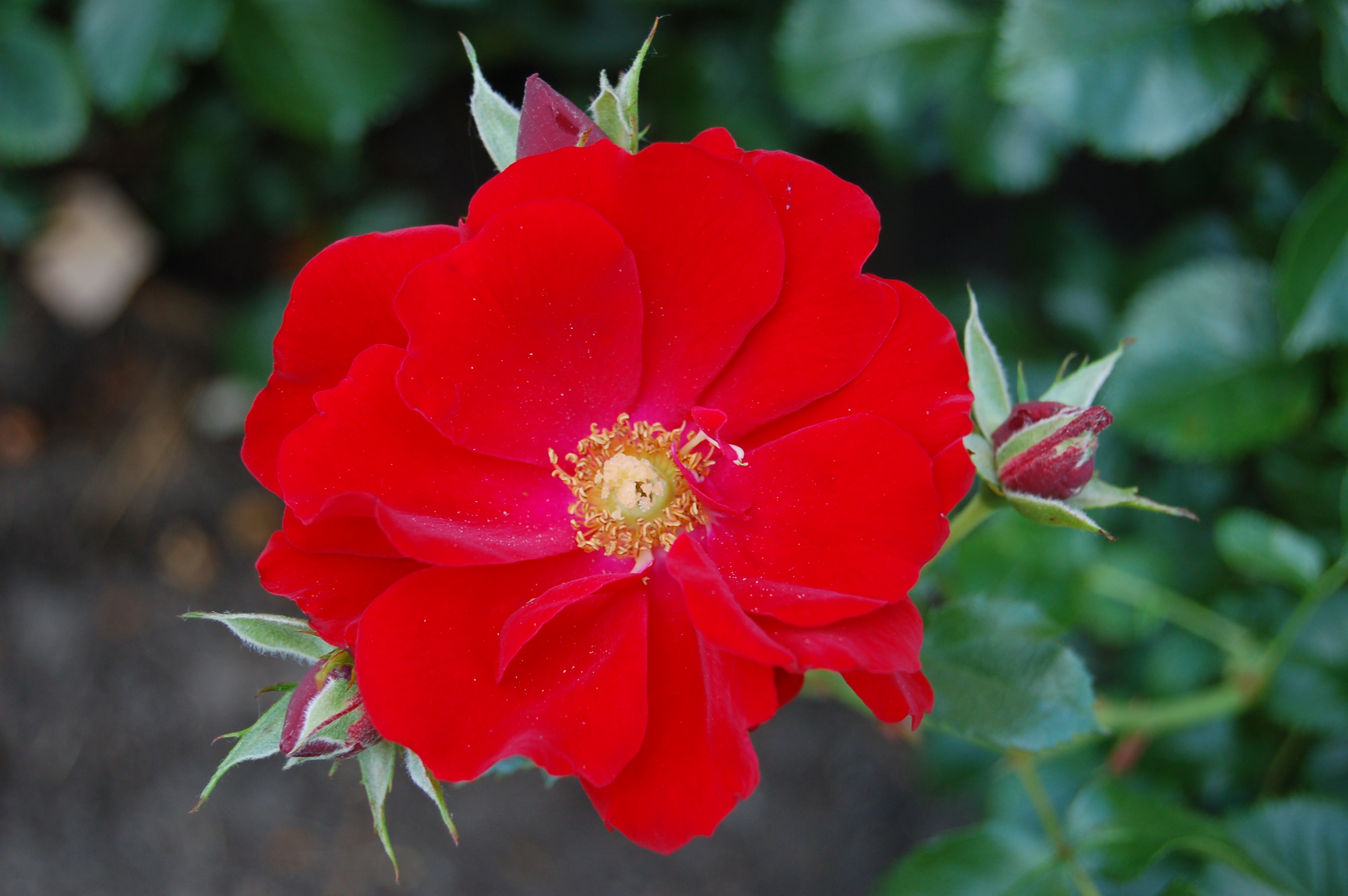
‘Austriana’, Tantau, 1996
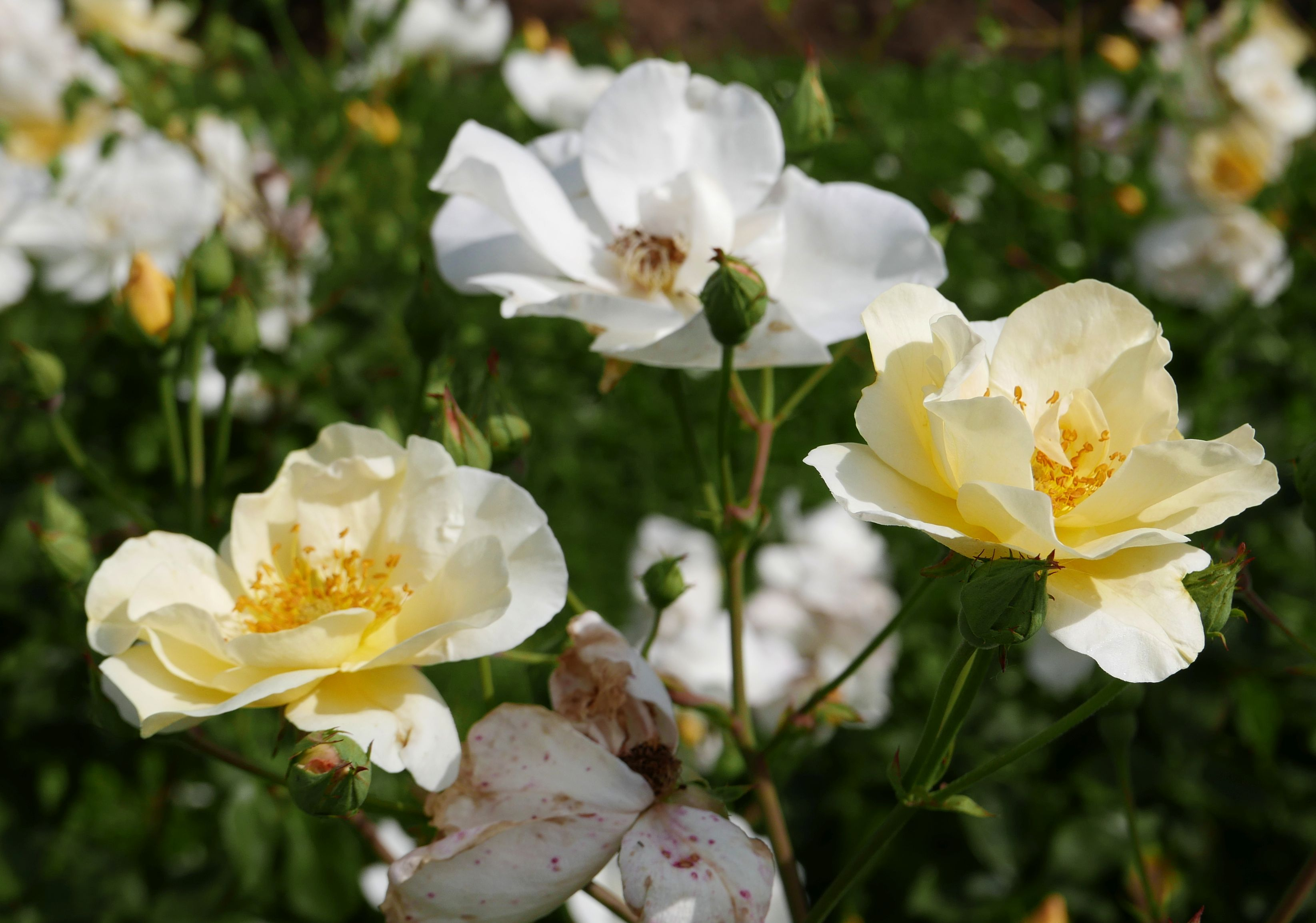
‘Autumn Delight’, Bentall, 1933
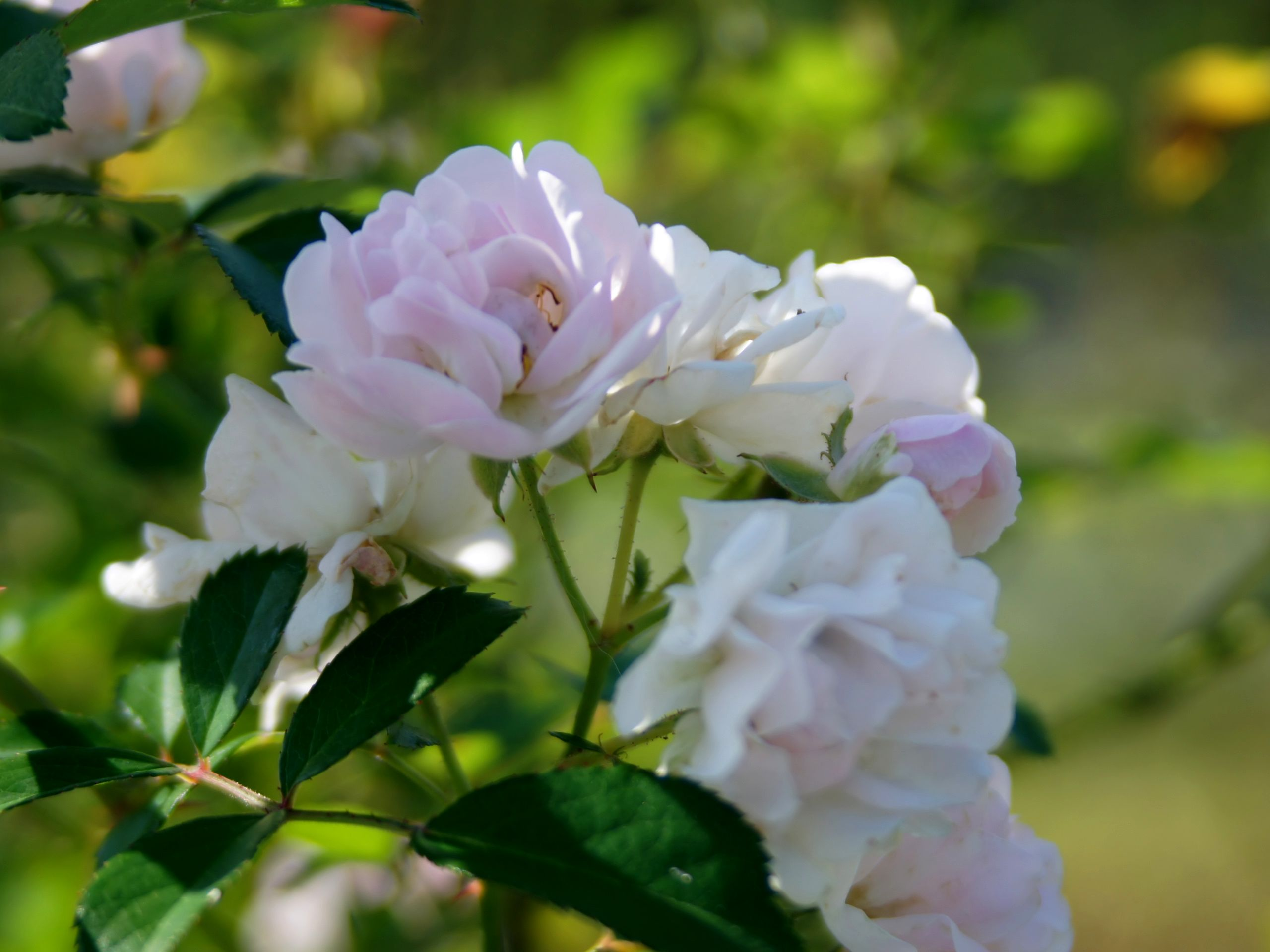
‘Avalanch 2’, J. Benjamin Williams, 1998
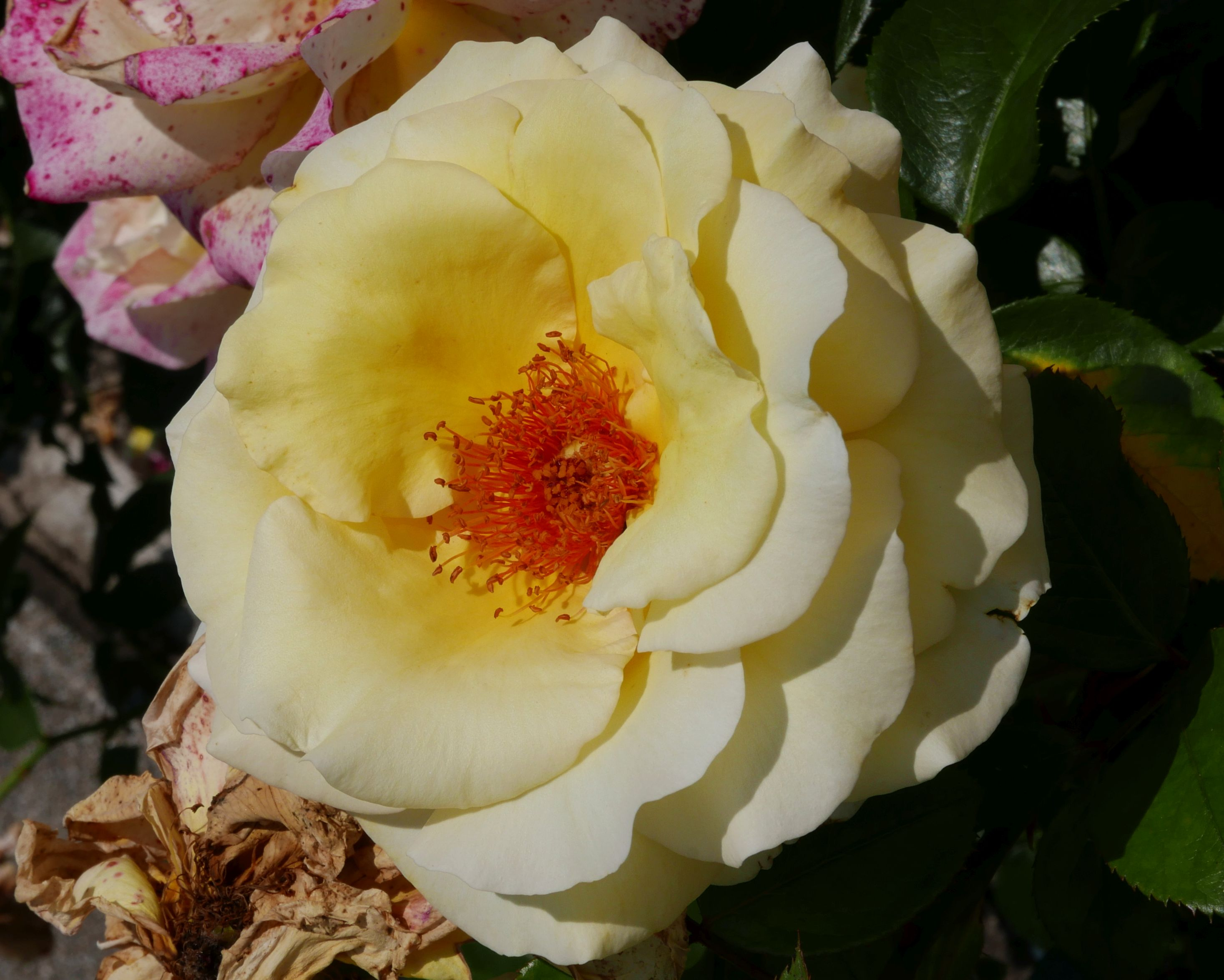
‘Avec Amour’, Tantau, 2014
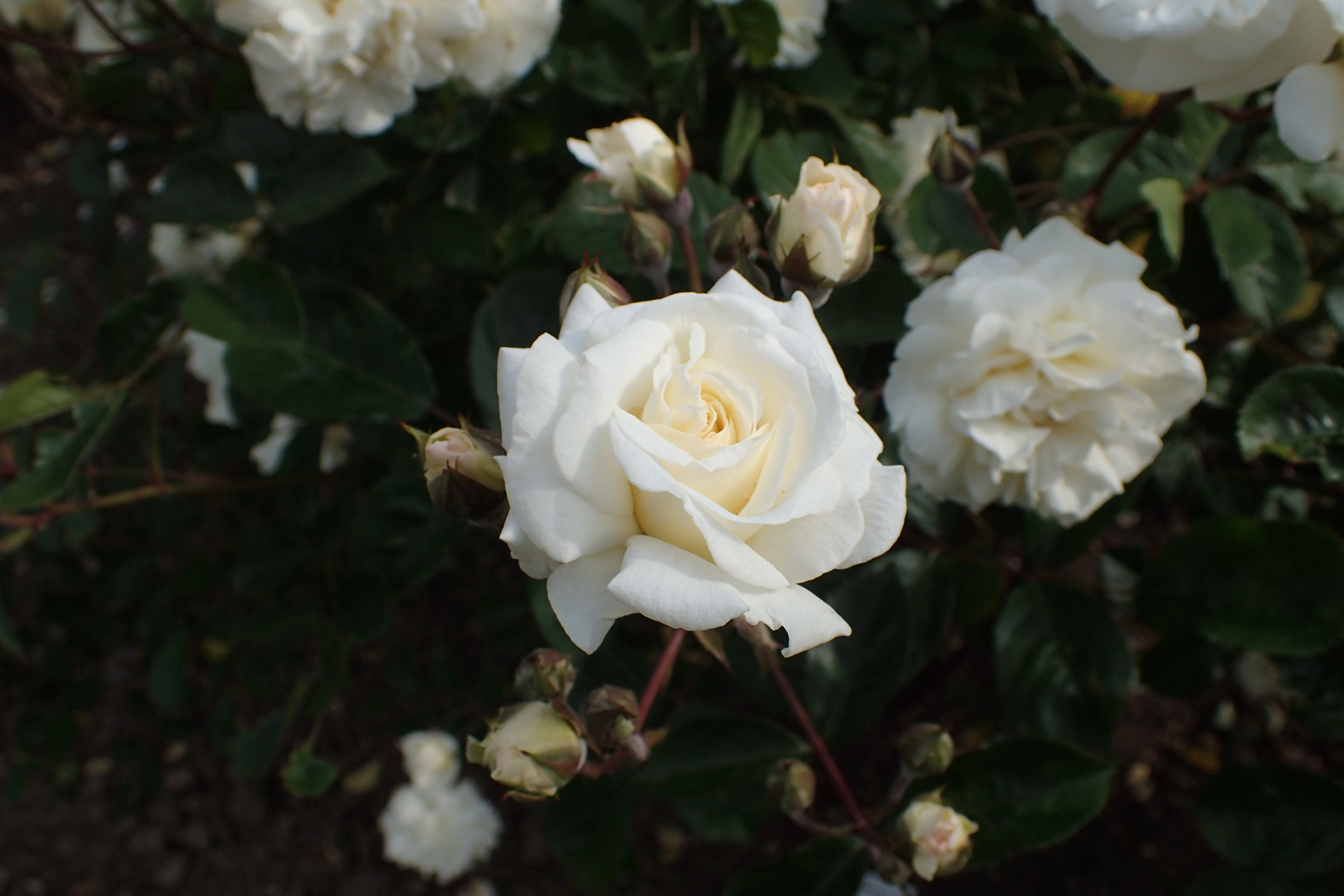
‘Ave Maria’, Jan Böhm, 1933
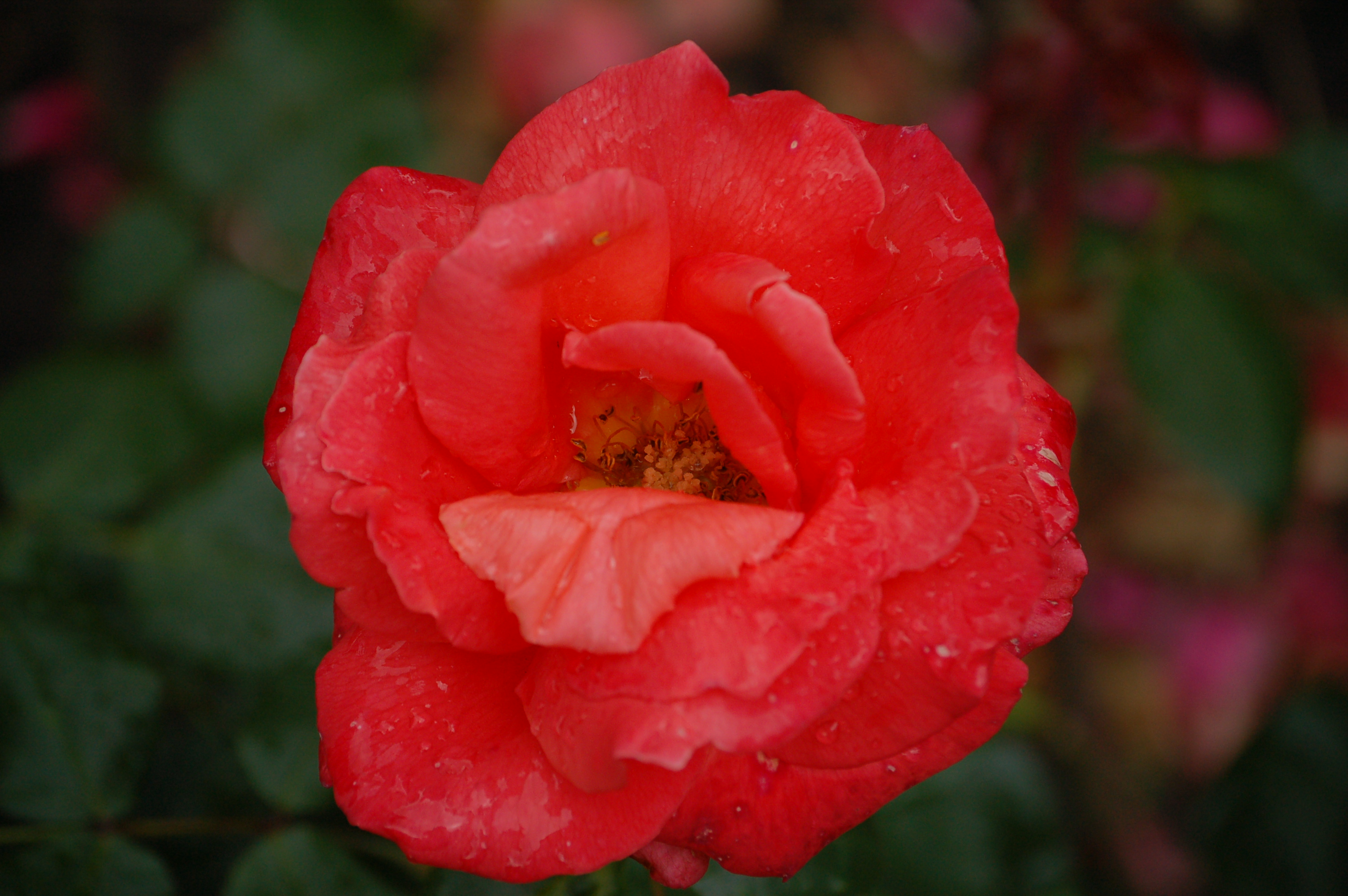
‘Ave Maria (1992)’, Kordes, 1992
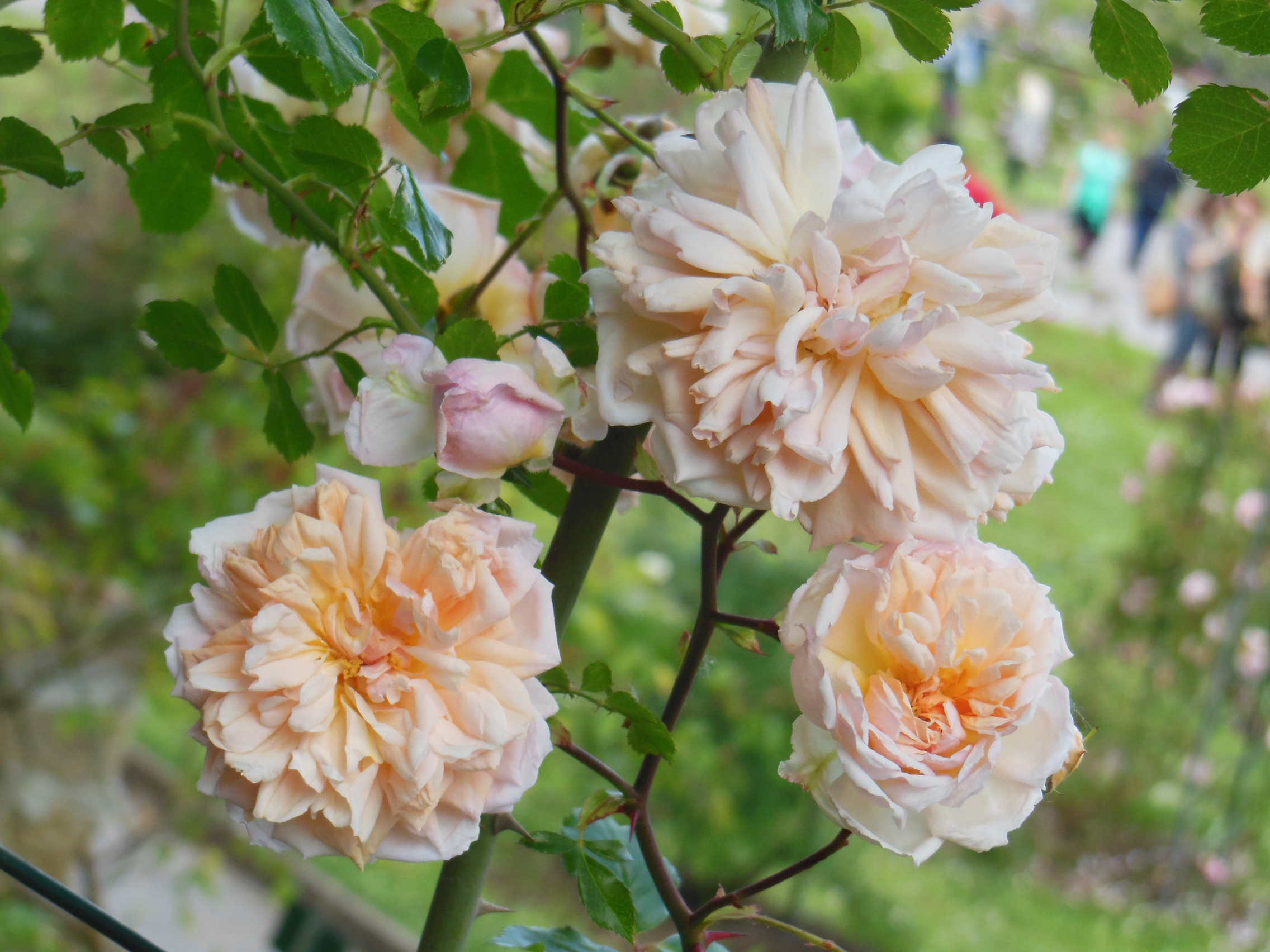
‘Aviateur Blériot’ (auch: ‘Dick’s Apricot Rambler’), Frédéric Fauque, 1909
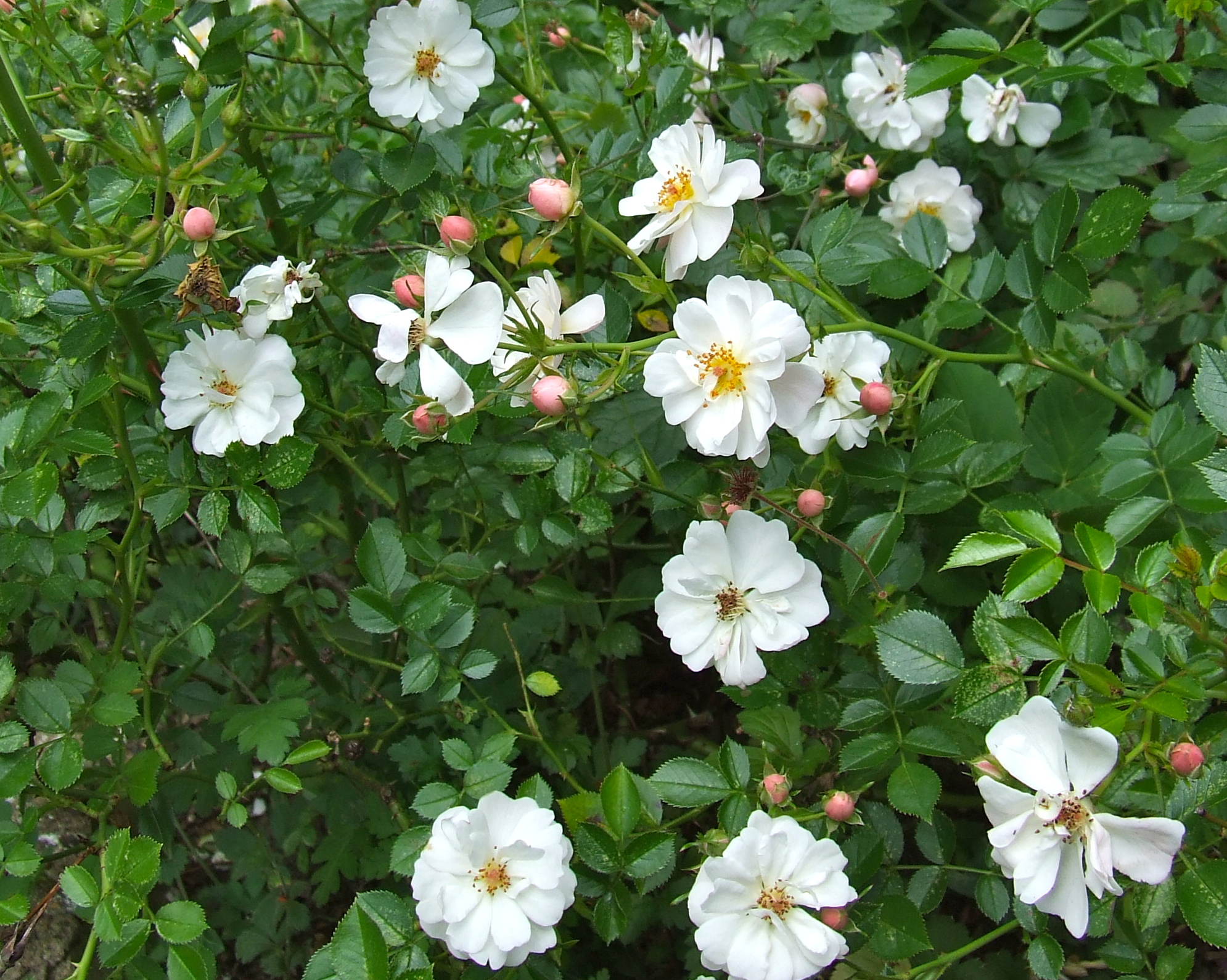
‘Avon’, Poulsen, 1986
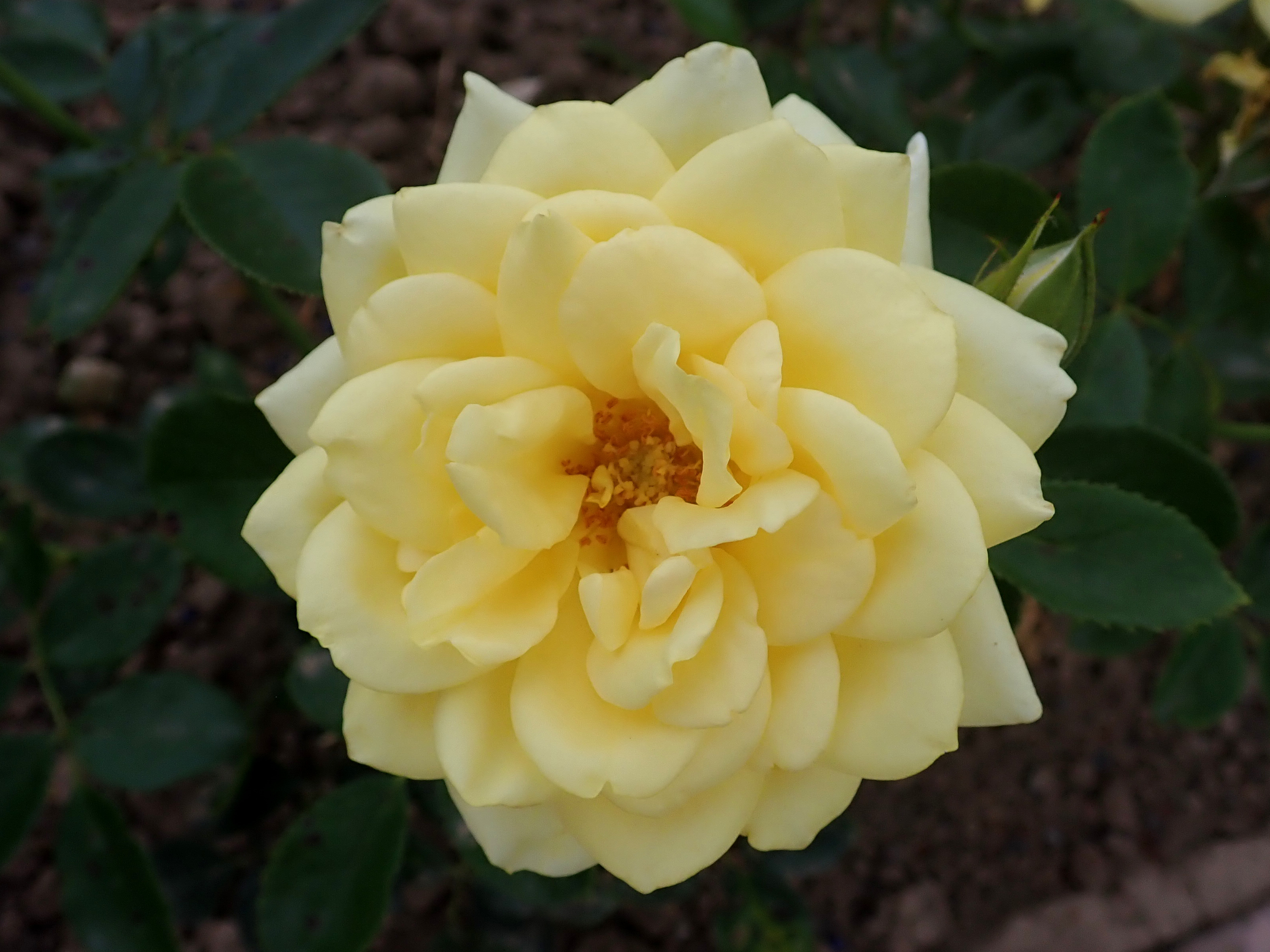
‘Avril Sherwood’, Sherwood/Mason, 1975
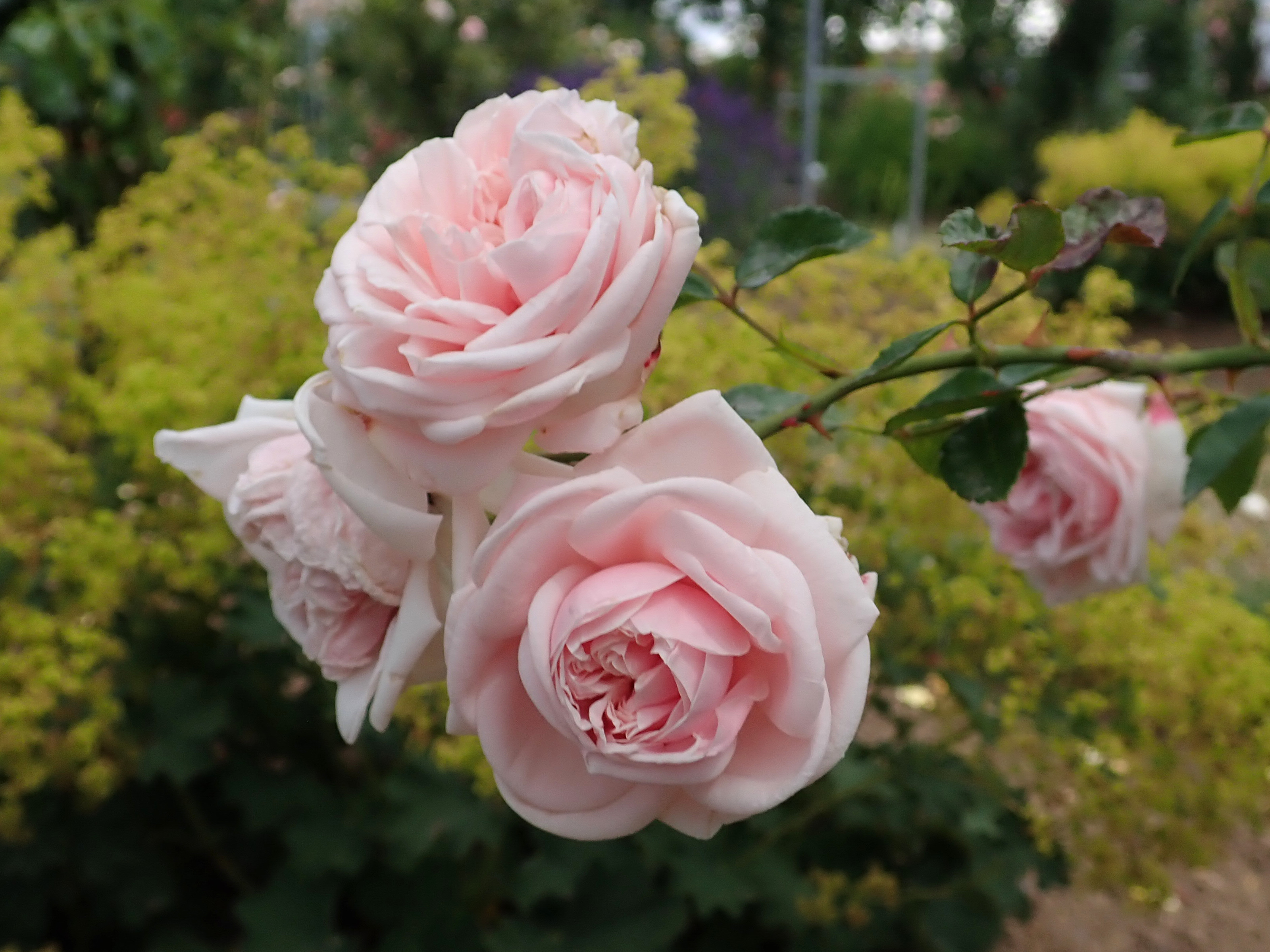
‘Awakening’ (‘Probuzení’), Jan Böhm, 1935
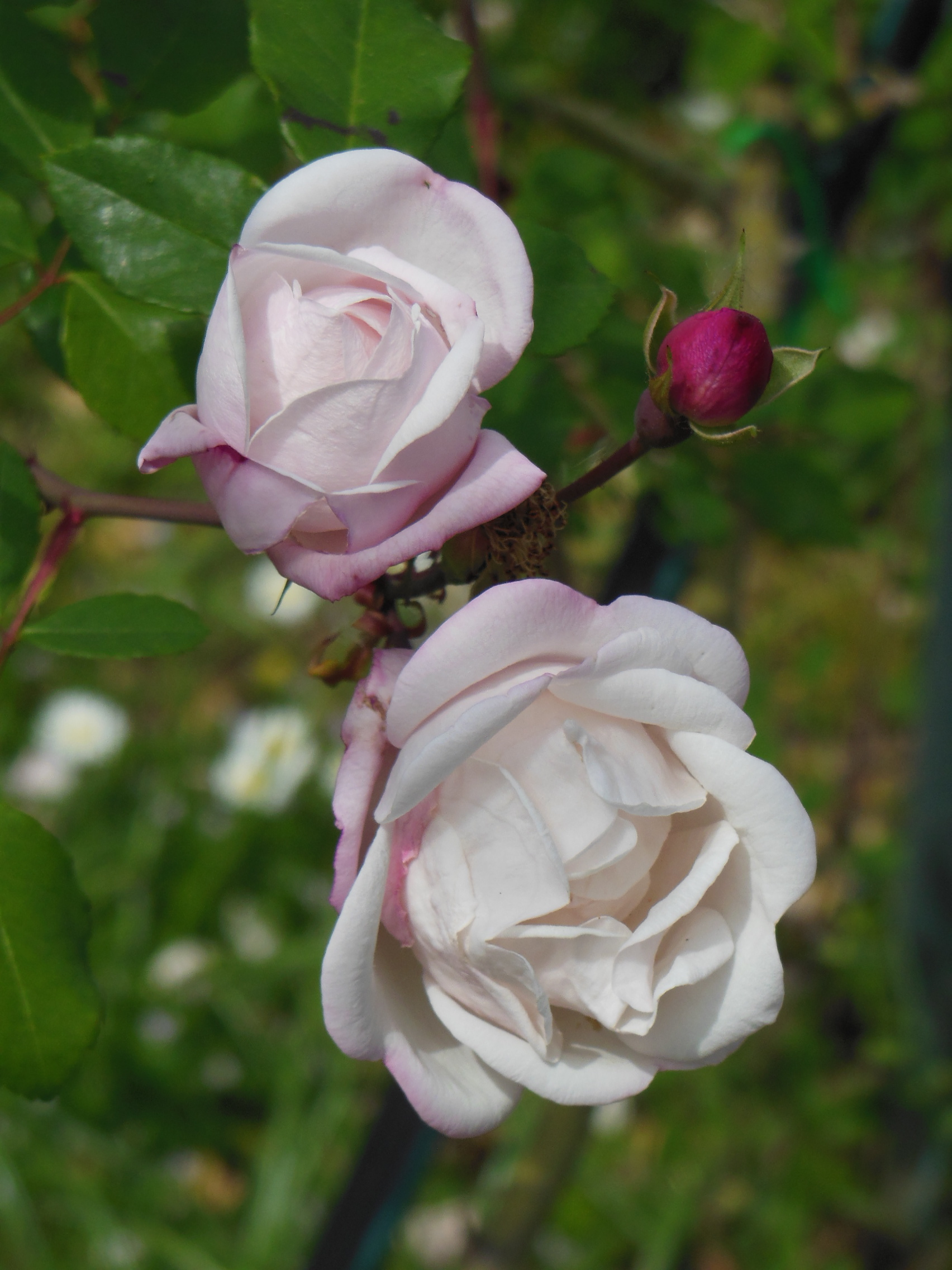
‘Ayrshire Splendens’, Rosa arvensis, vor 1837
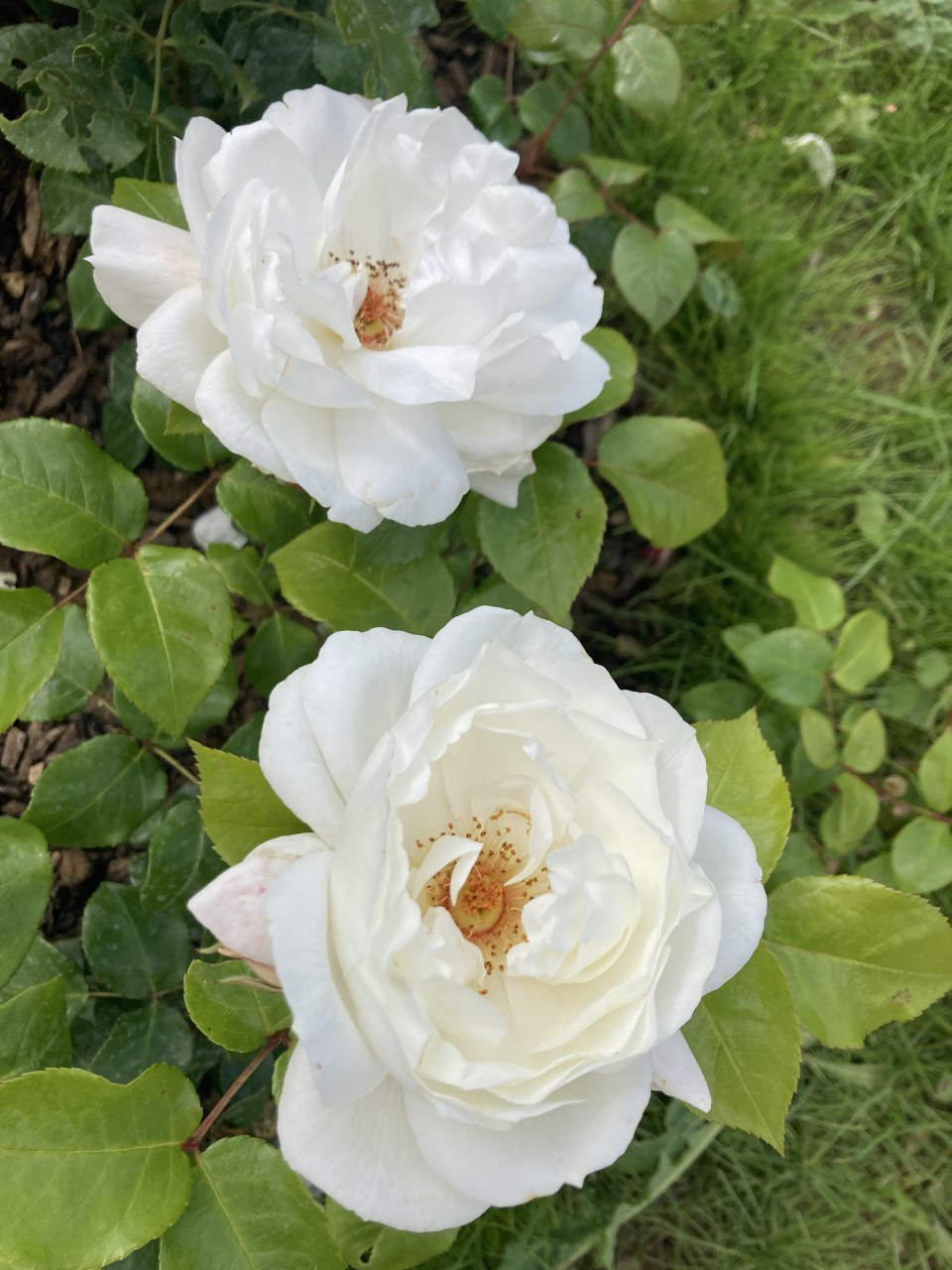
‘Azay-le-Rideau’, Jérôme Rateau/André Eve, 2012/2020

## B

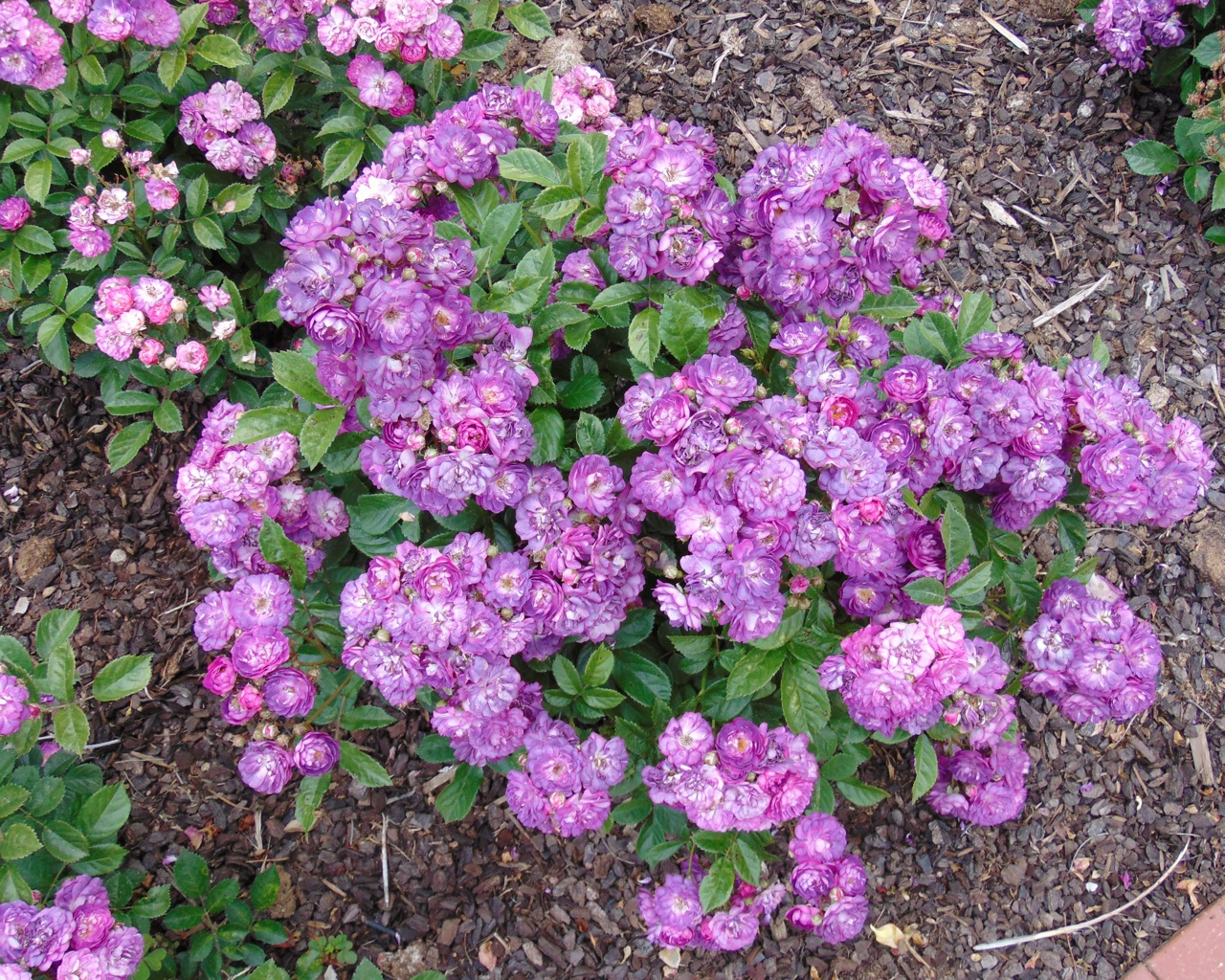
‘Baby Faurax’, Joseph Faurax-Lille, vor 1924
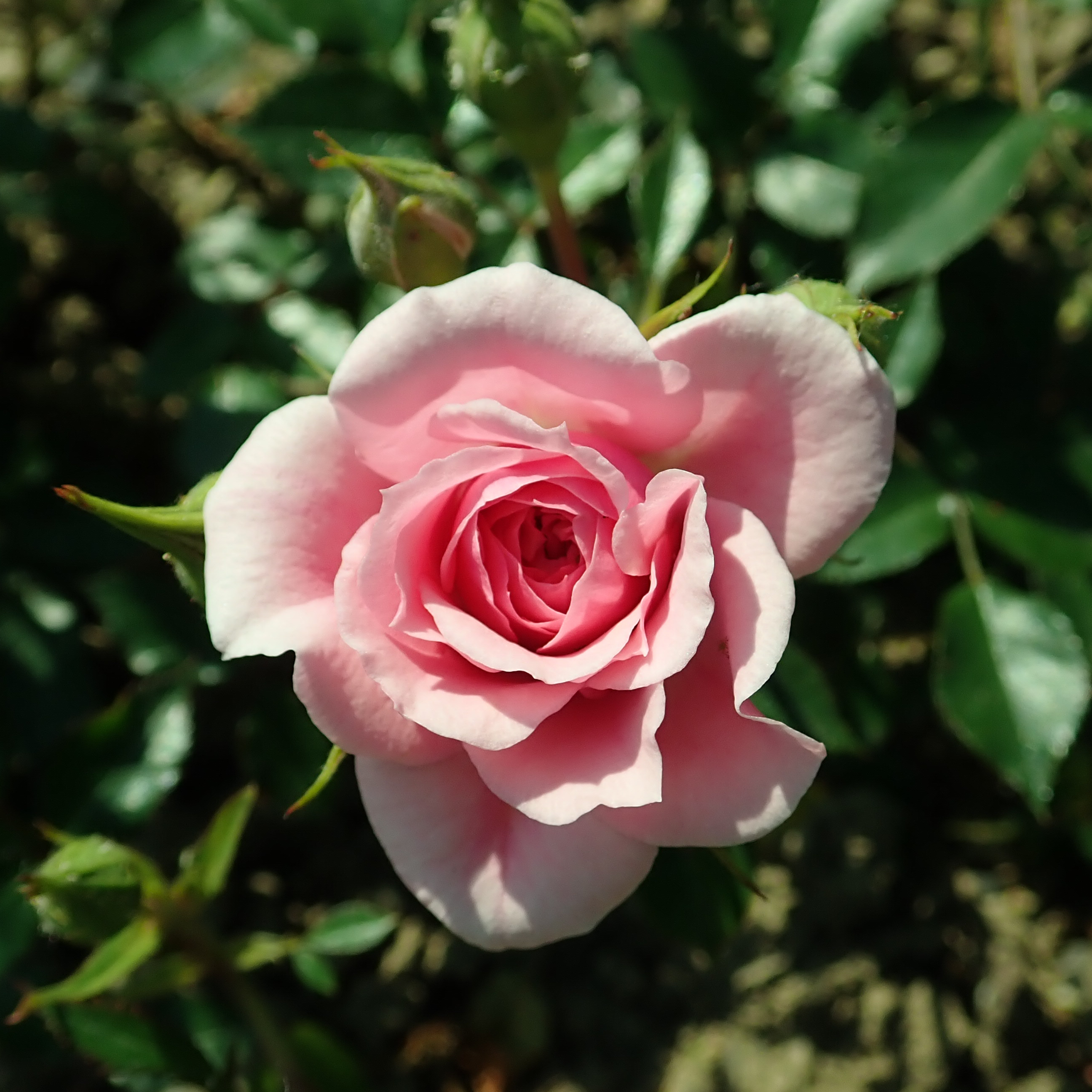
‘Babyflor’, Evers/Tantau, 1992
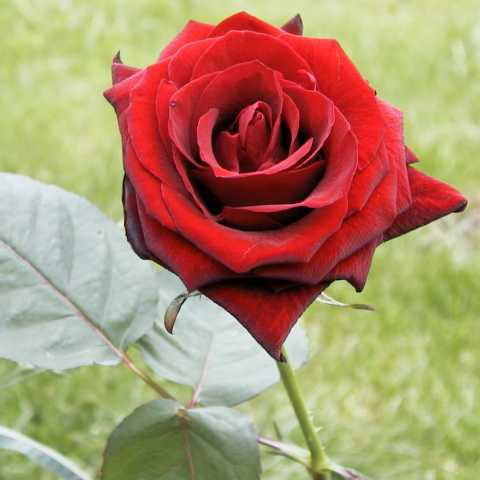
‘Baccara’, Francis Meilland, 1954
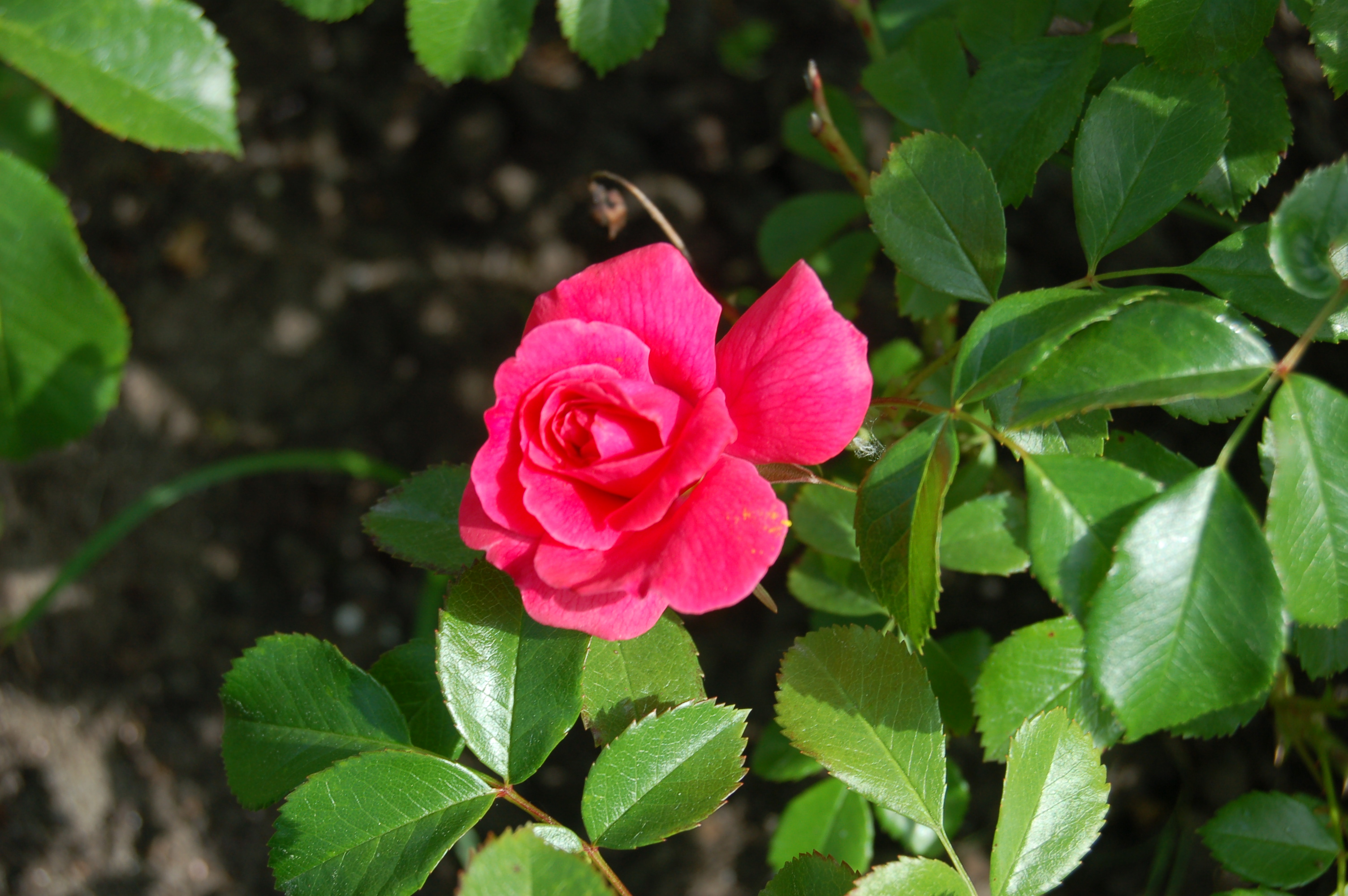
‘Bad Birnbach’, Kordes, 1999
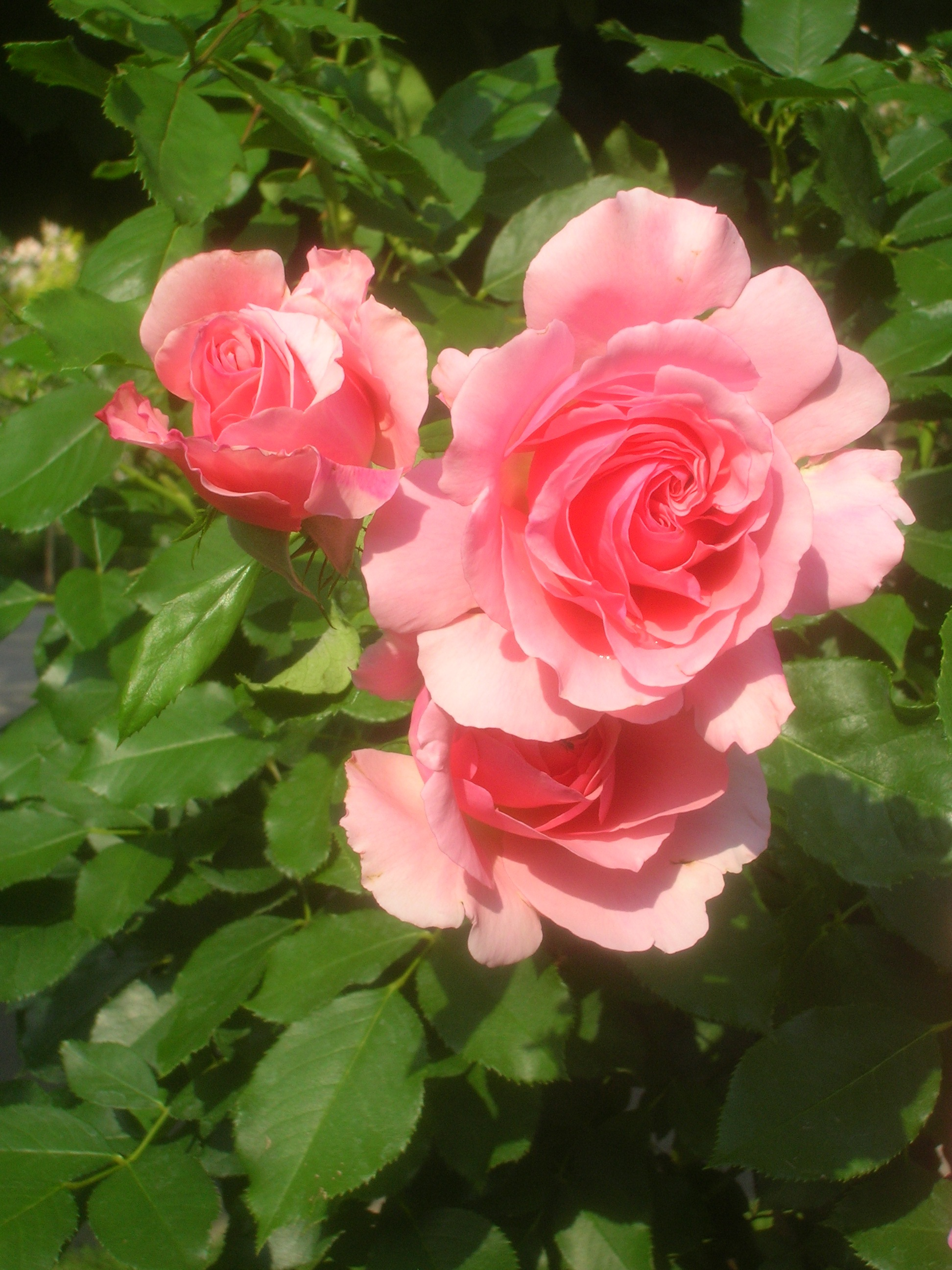
‘Badener Traberchampion’, McGredy, 1990
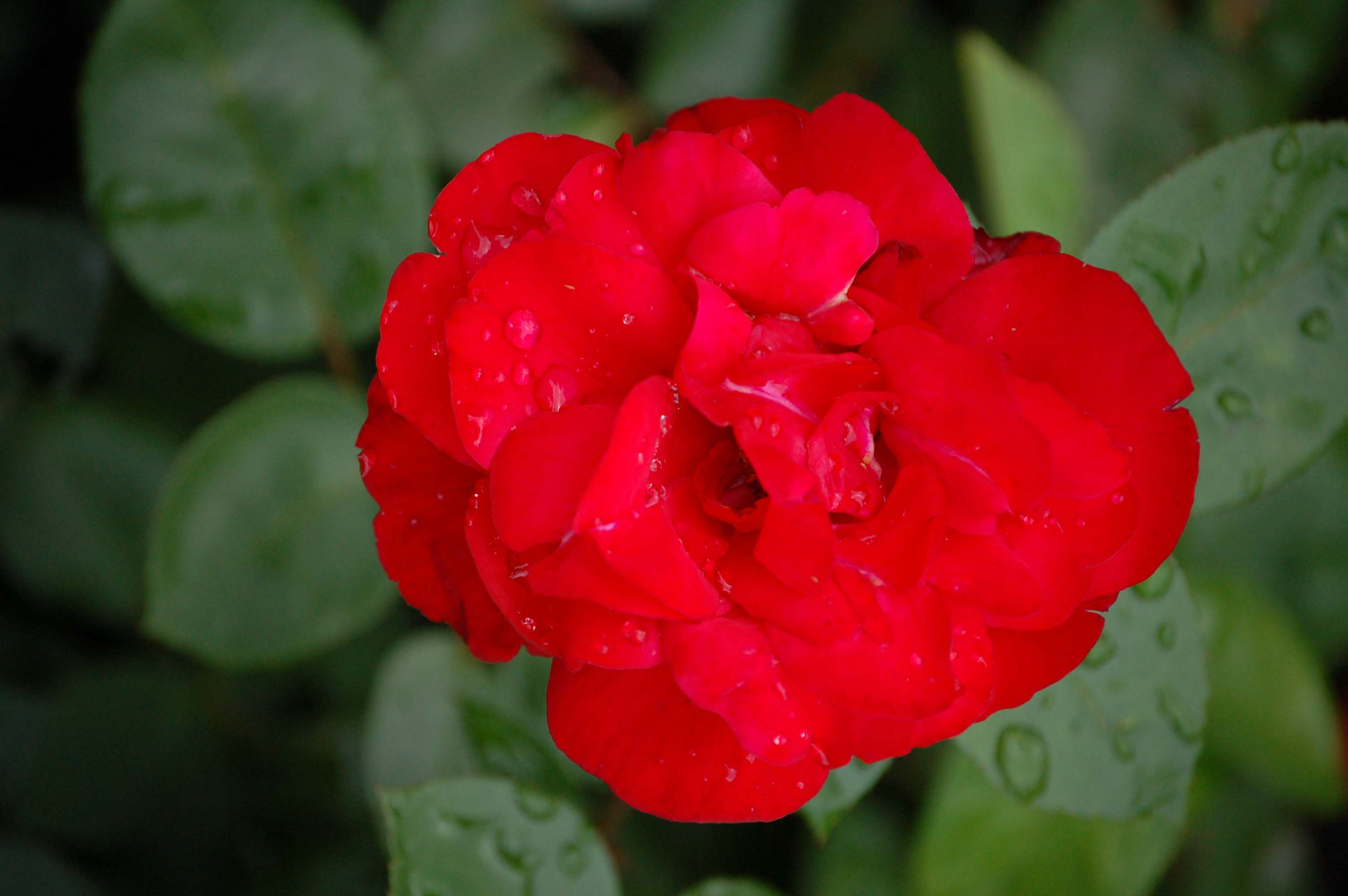
‘Bad Füssing’, Kordes, 1980
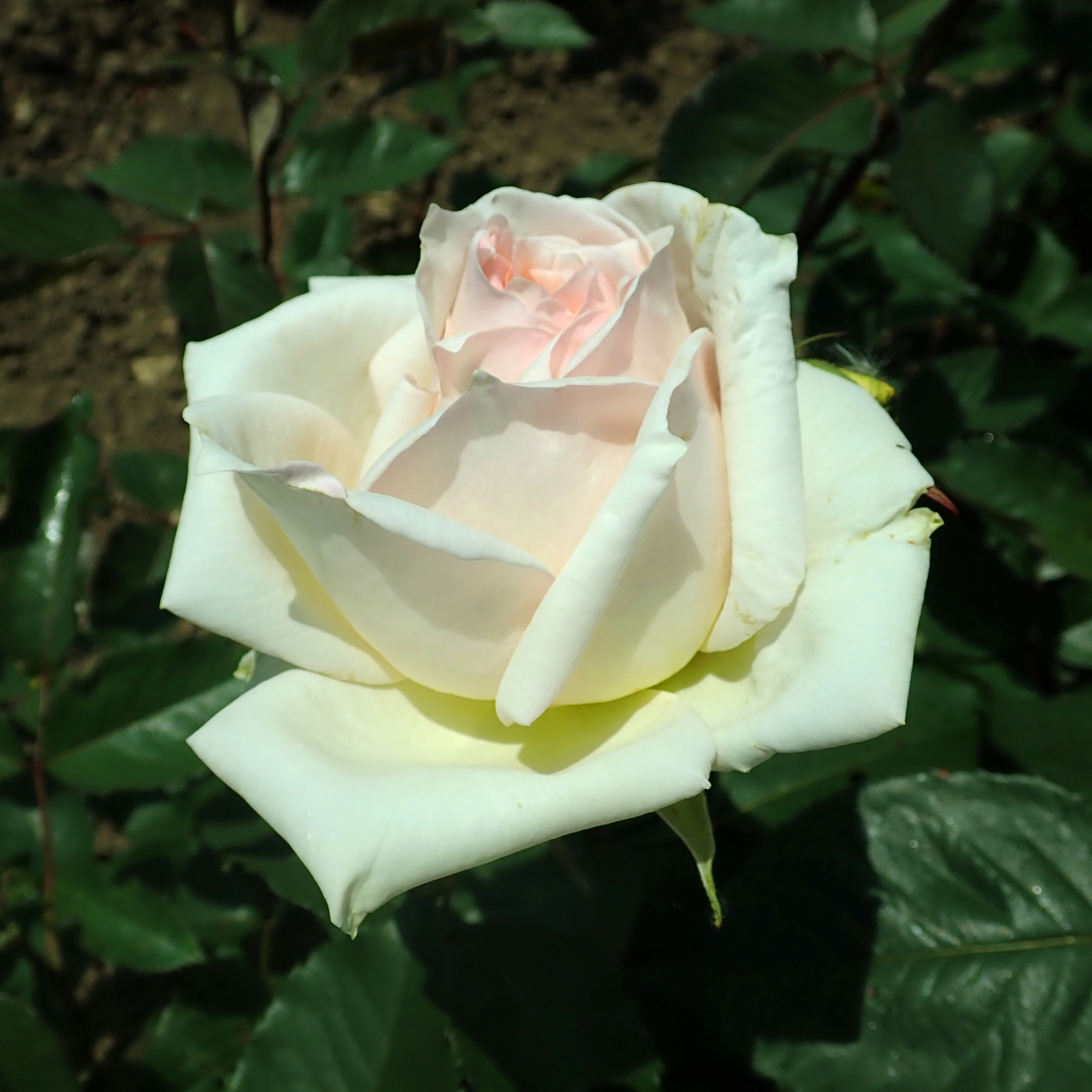
‘Bad Homburg’, Eichelmann, 1995
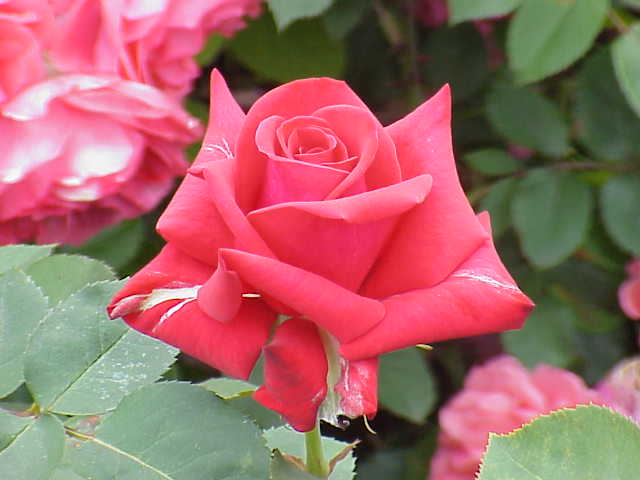
‘Bad Nauheim’, McGredy, 1973
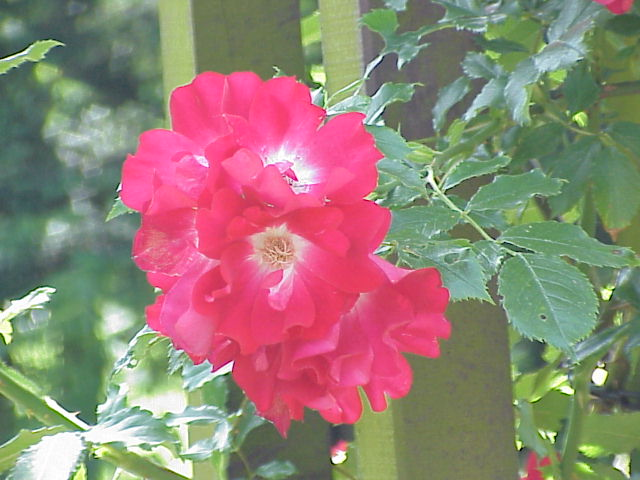
‘Bad Neuenahr’, Kordes, 1958
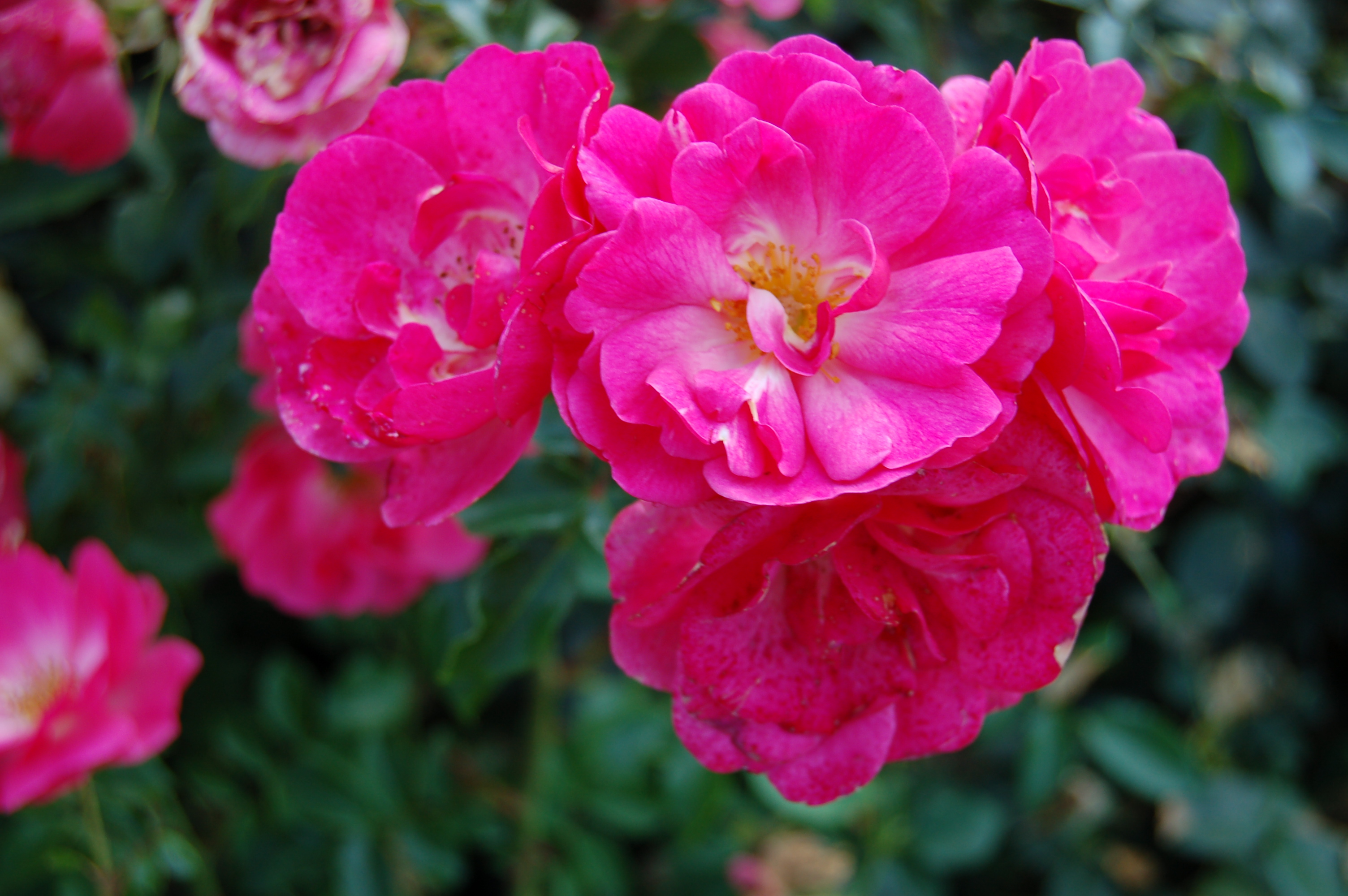
‘Bad Wörishofen’, Kordes, 2005
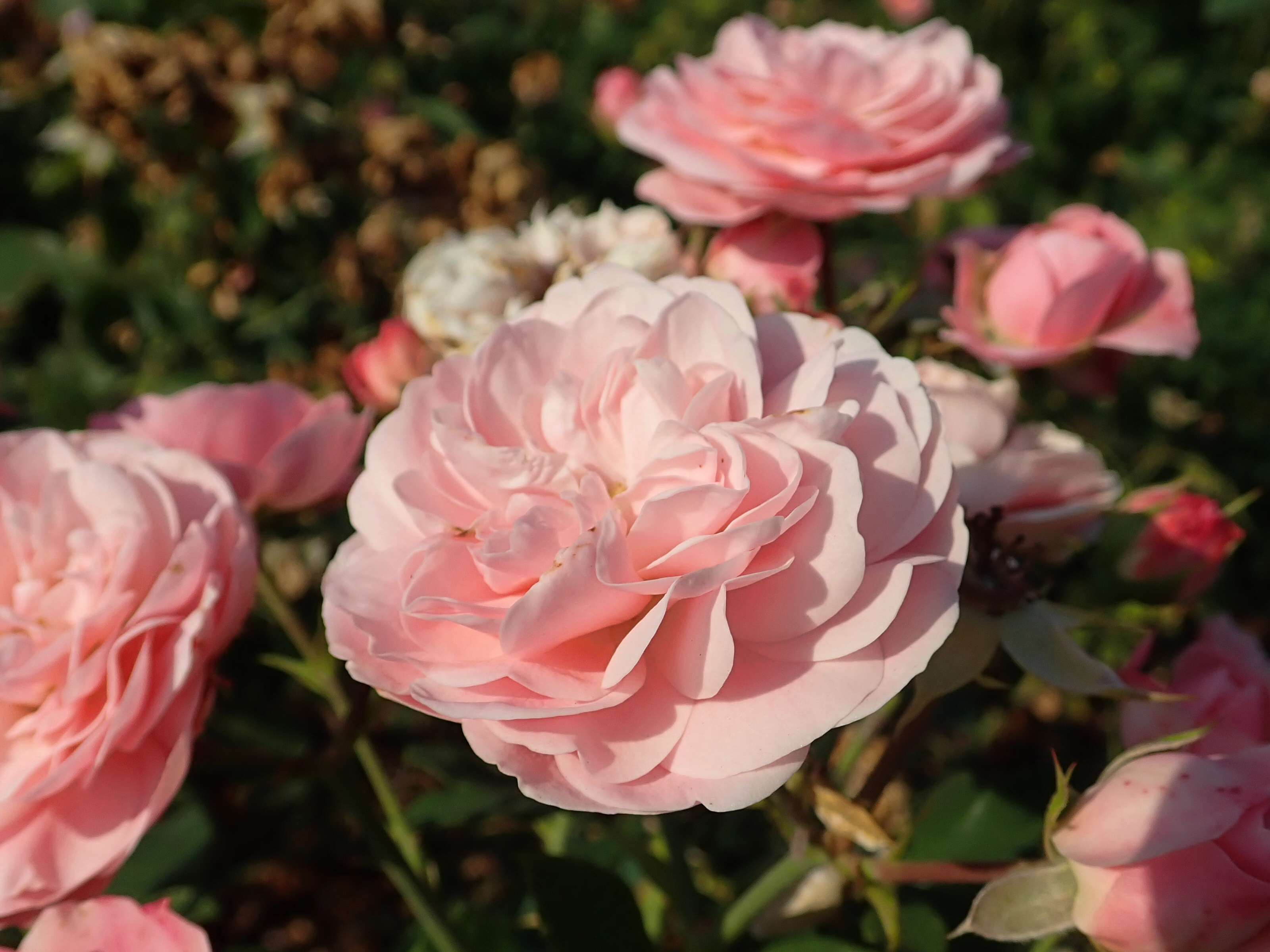
‘Bailando’, Evers/Tantau, 2007
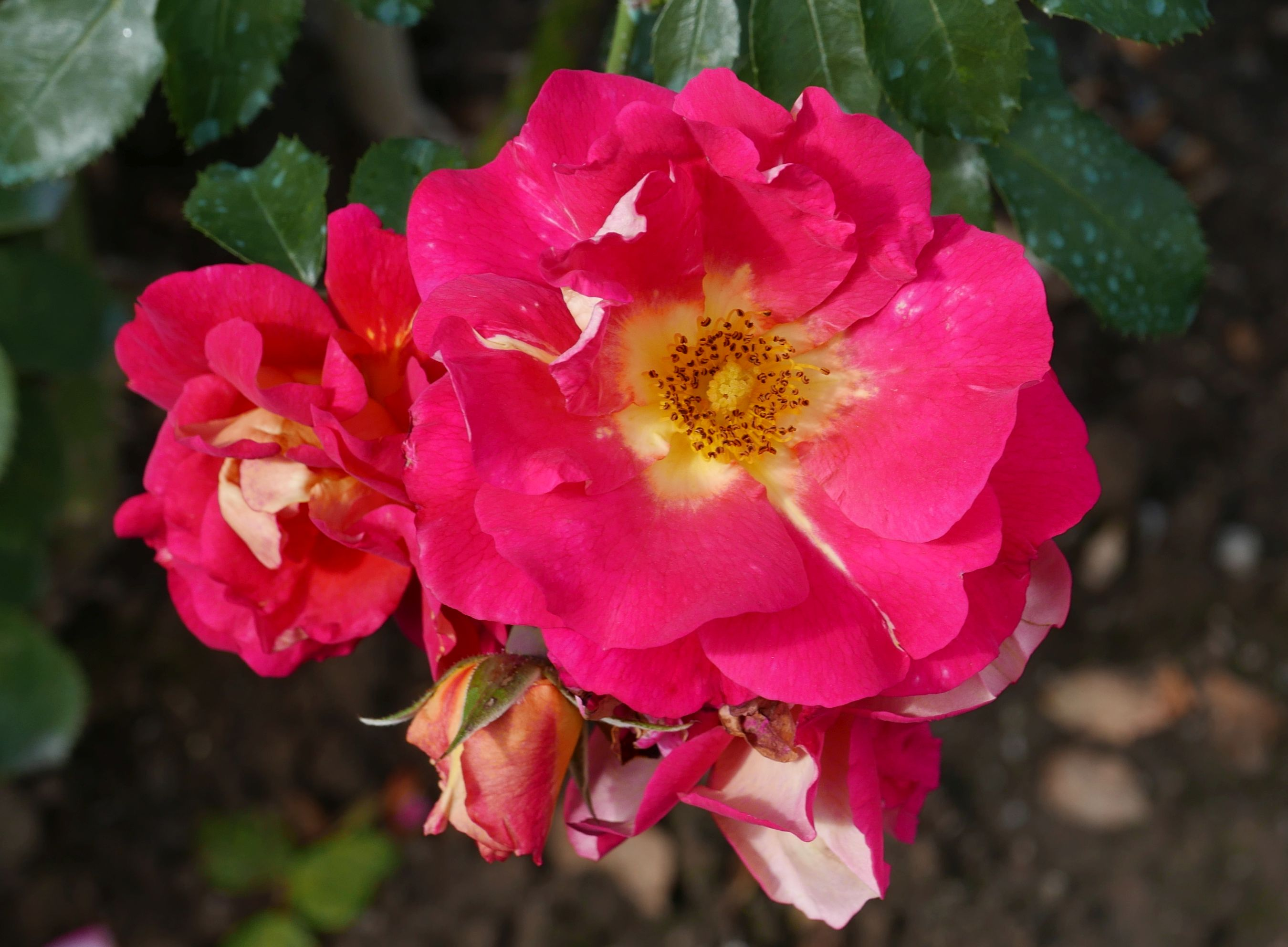
‘Bajazzo’, Kordes, 2001
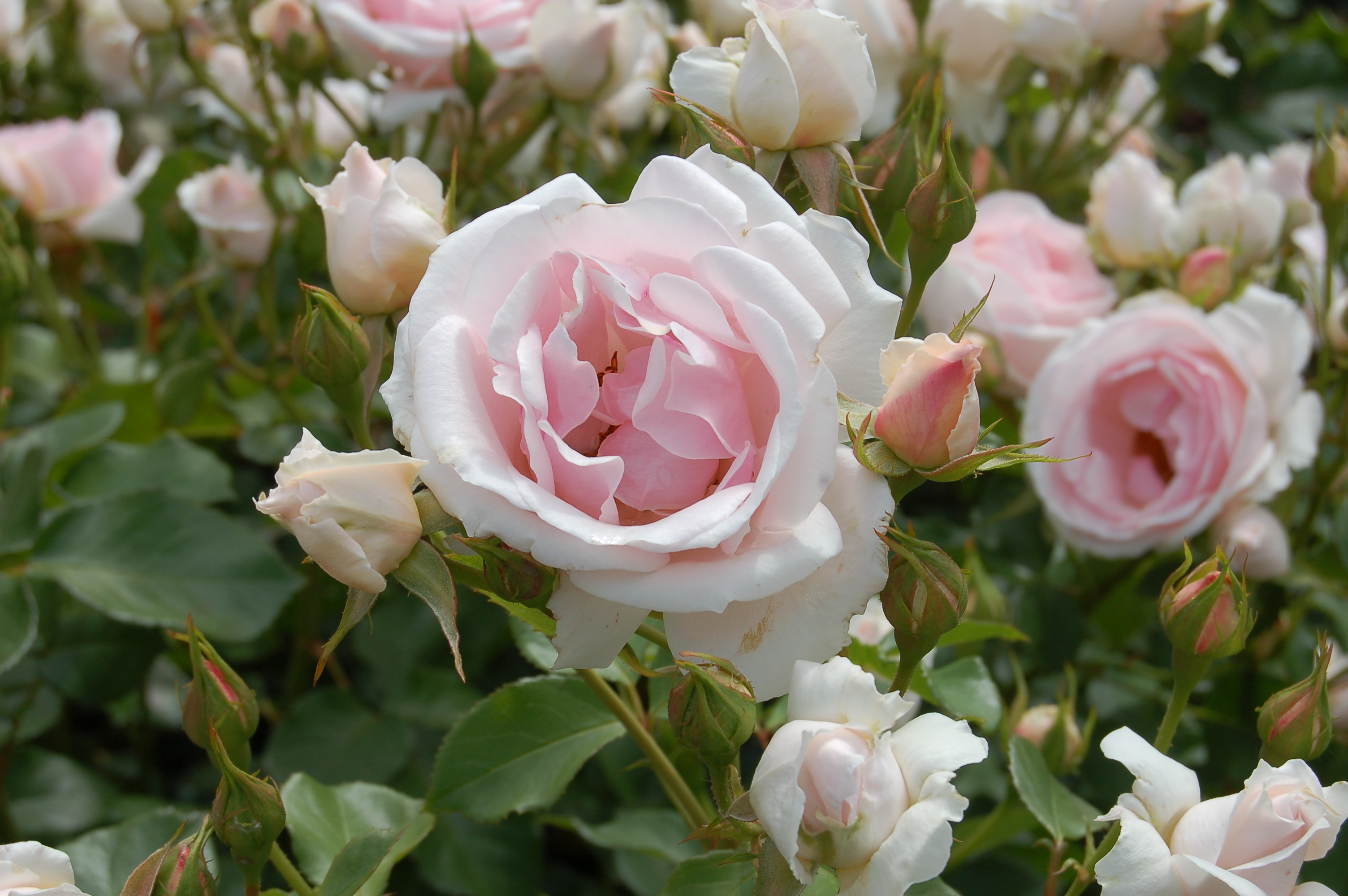
‘Ballade’, Tantau, 1991
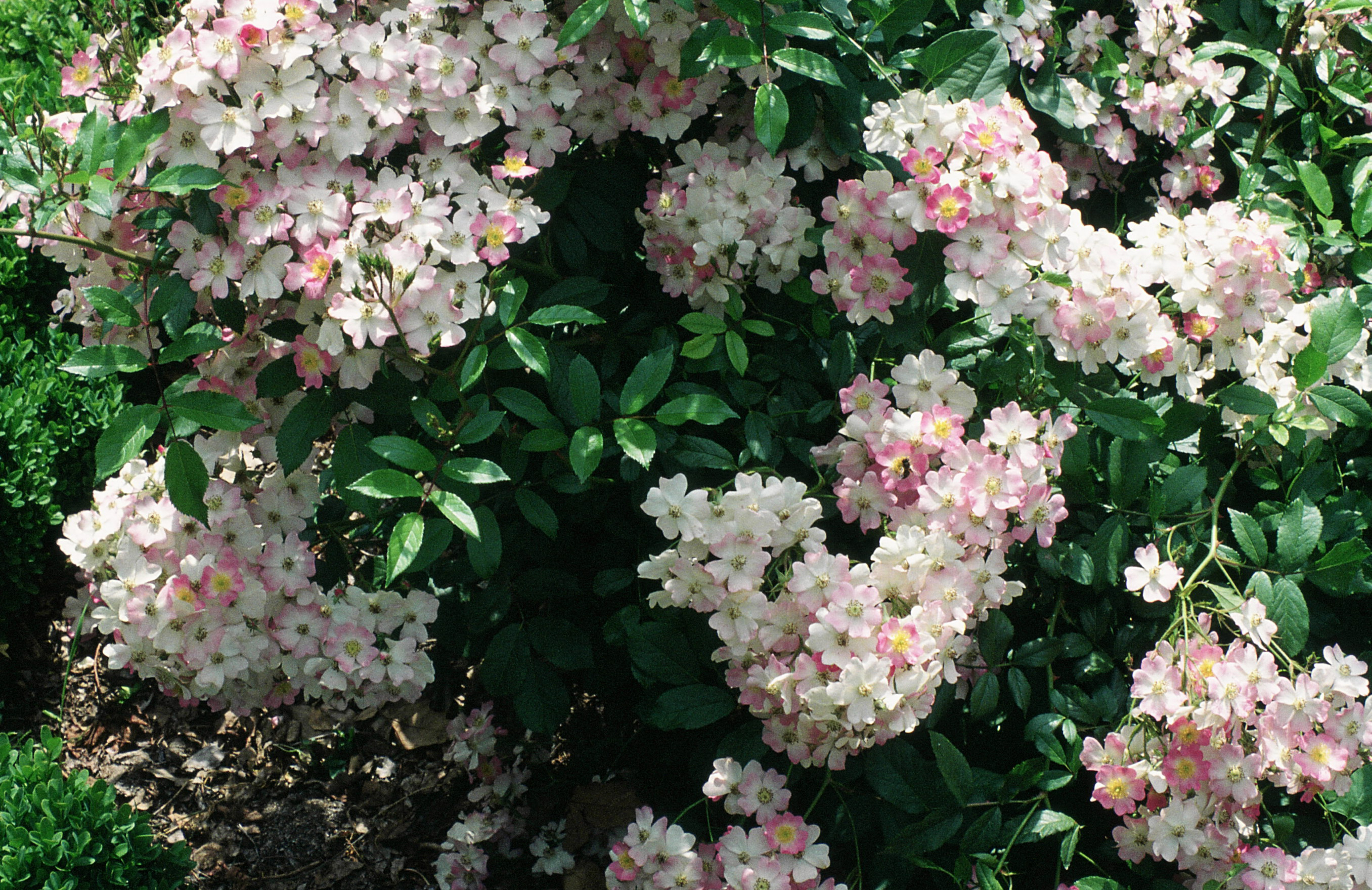
‘Ballerina’, Bentall, 1937
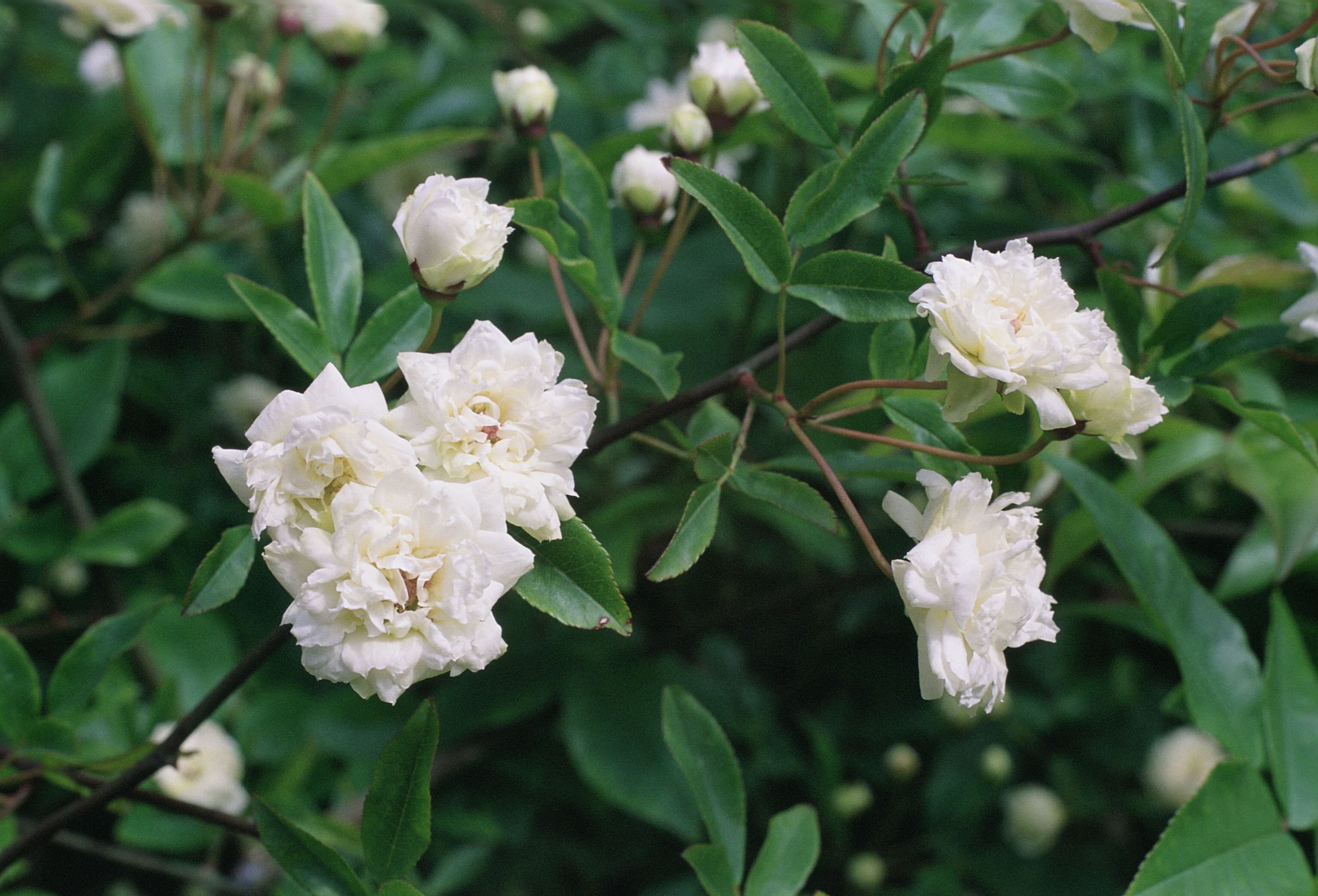
‘Banksiae banksiae’, Rosa banksiae, William Kerr, 1807
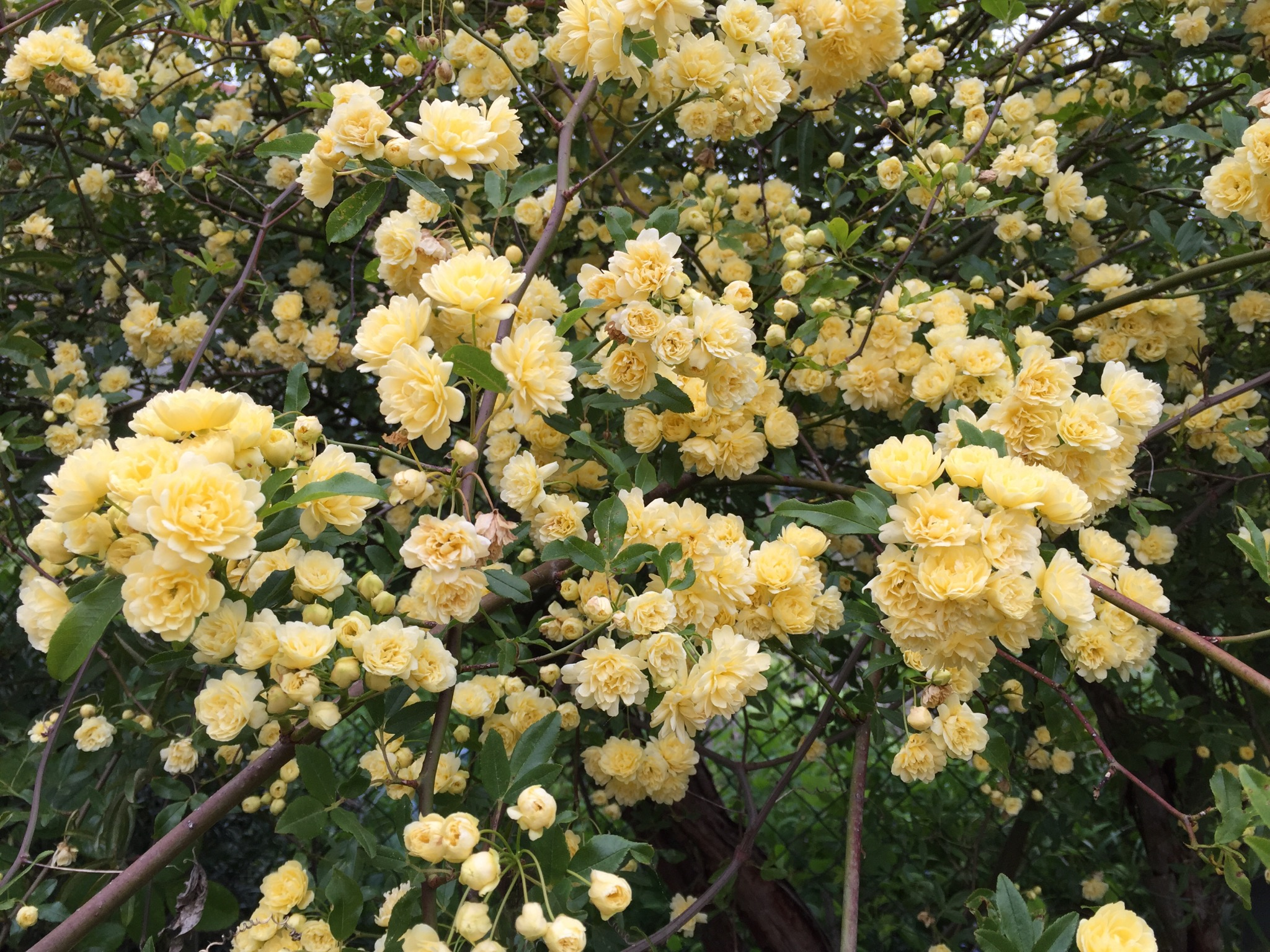
‘Banksiae Lutea' (oder ‘Banksian Yellow’), Rosa banksiae, ?
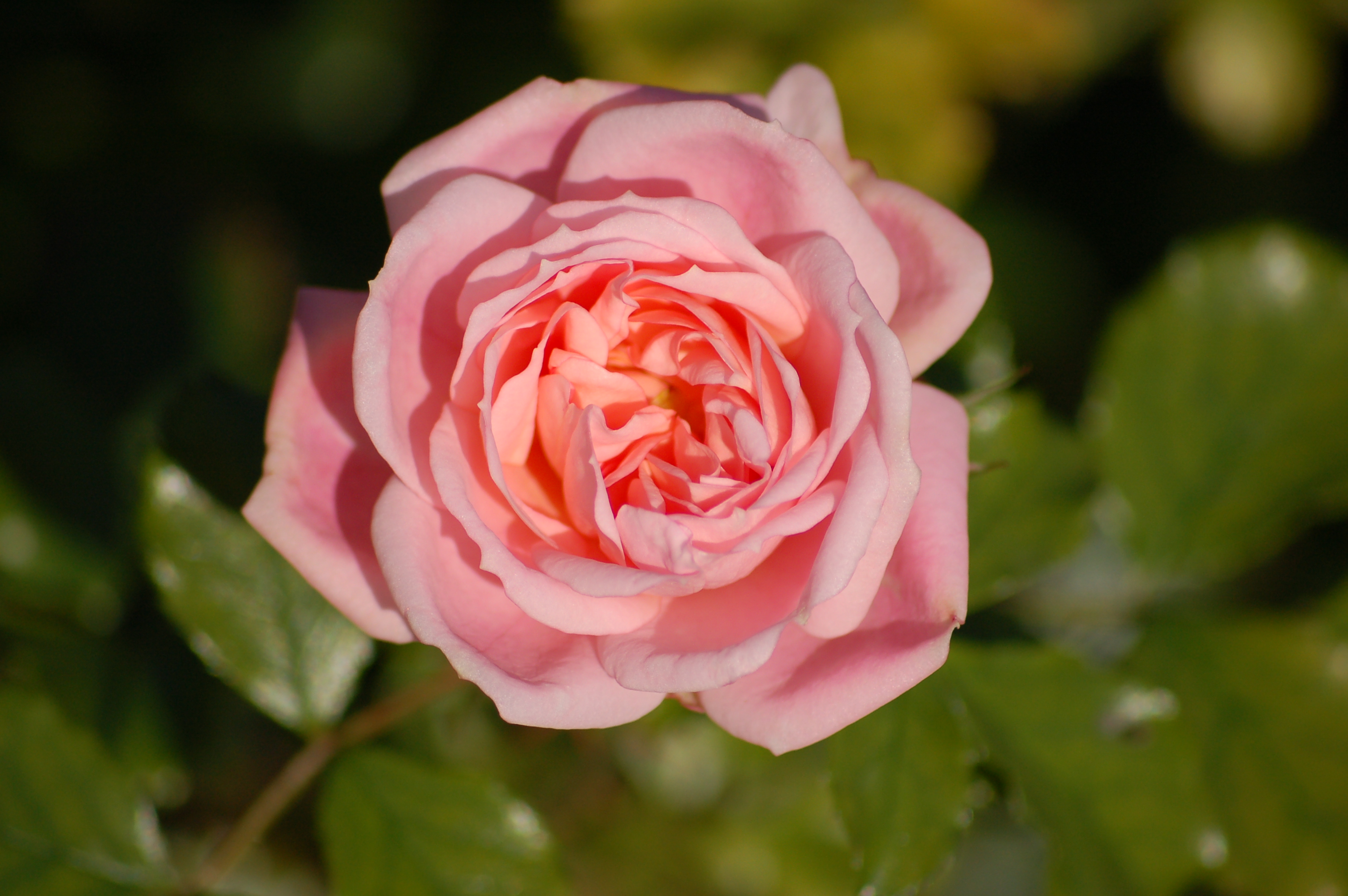
‘Banquet’, Noack, 2001
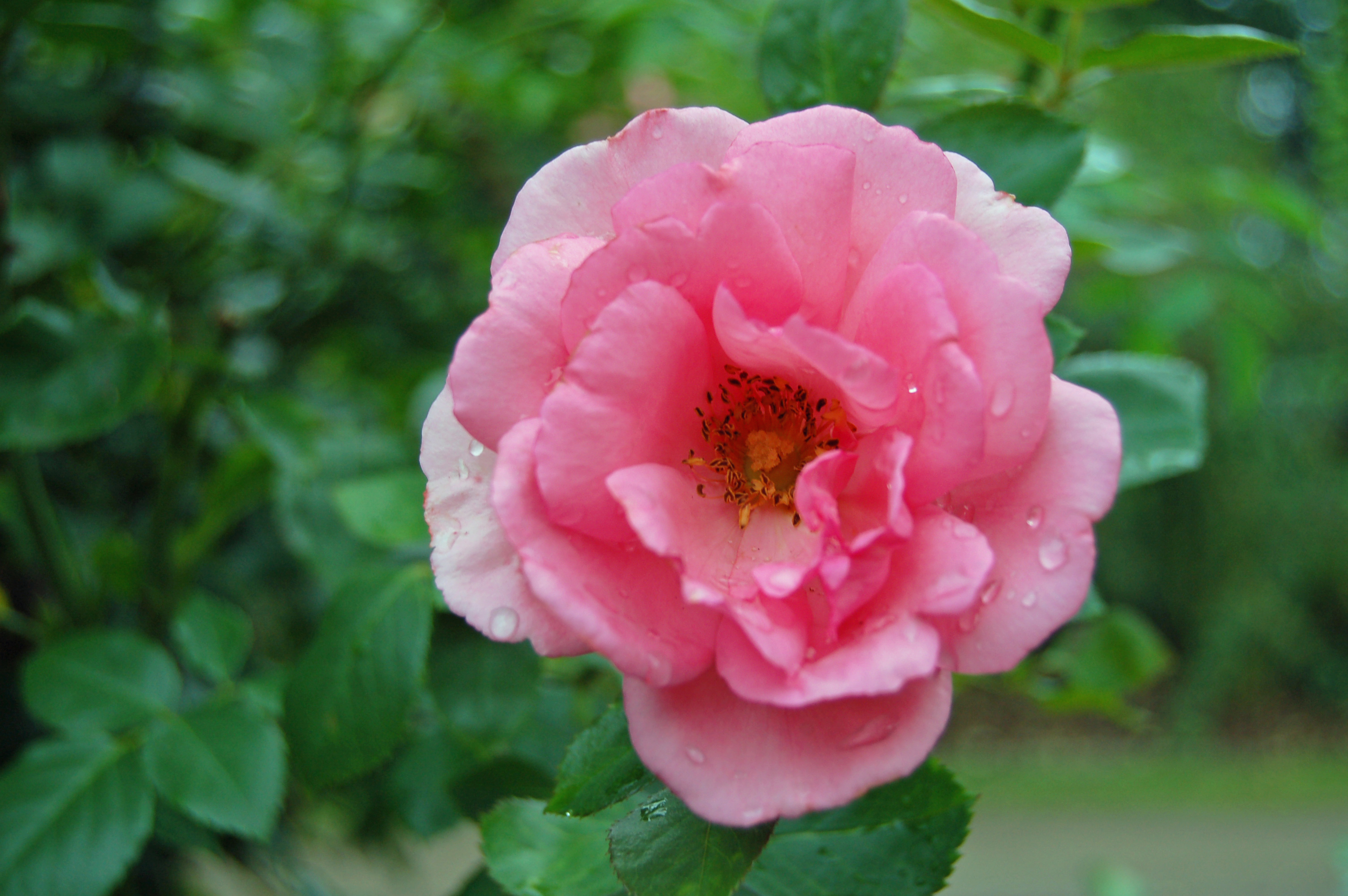
‘Bantry Bay’, McGredy, 1967
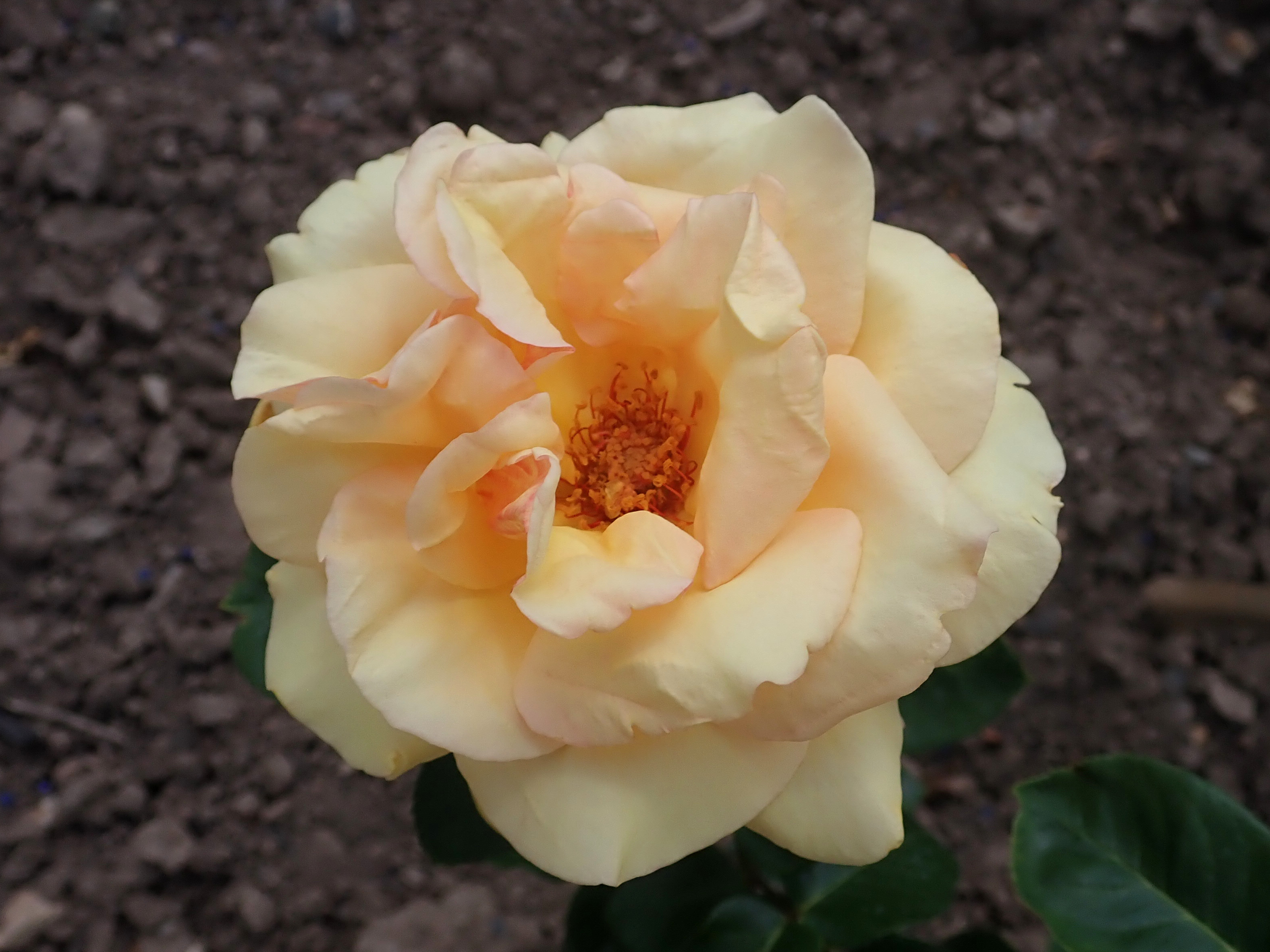
‘Barbara’, Gaujard, 1960
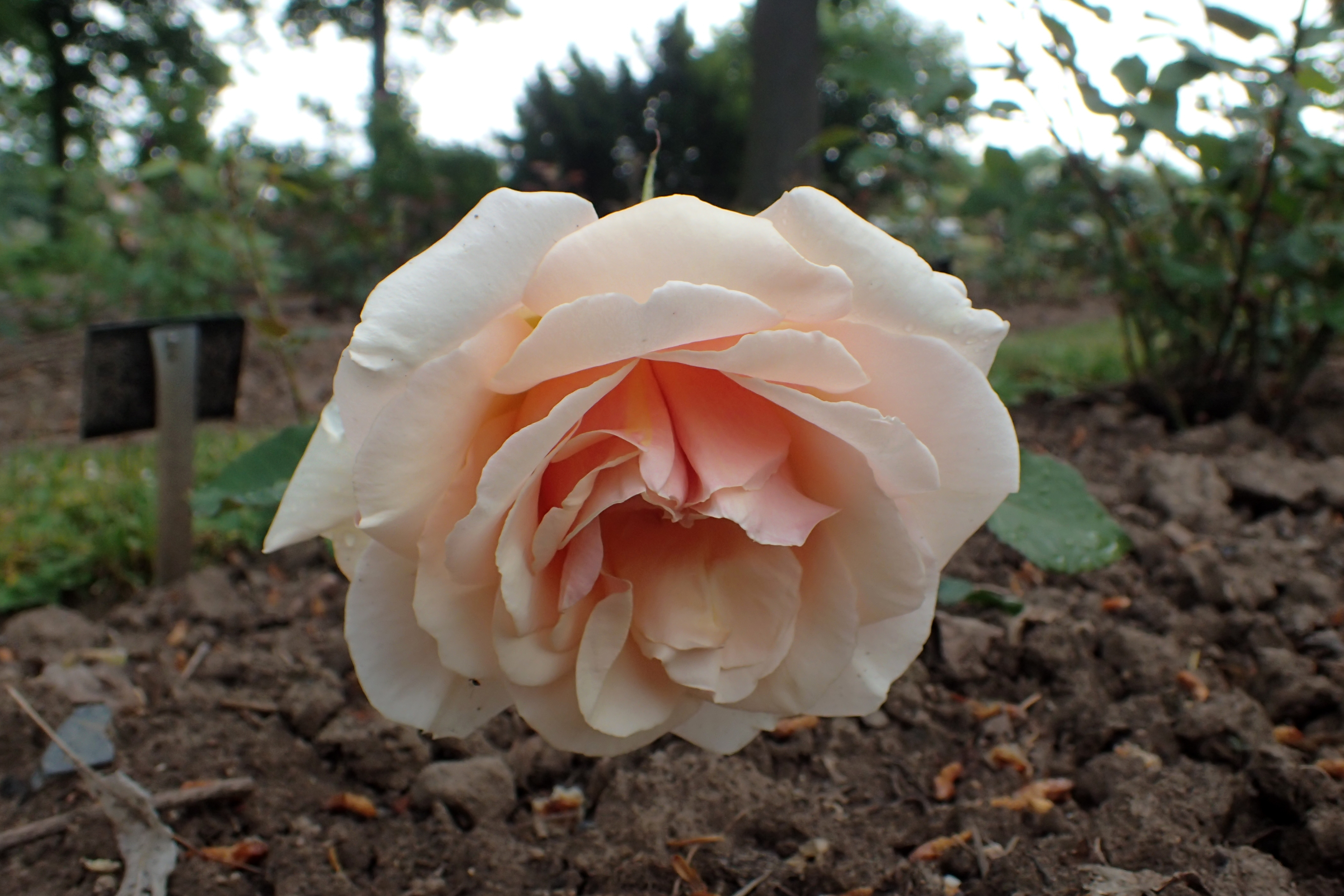
‘Barbara Richards’, Alexander Dickson II, 1930
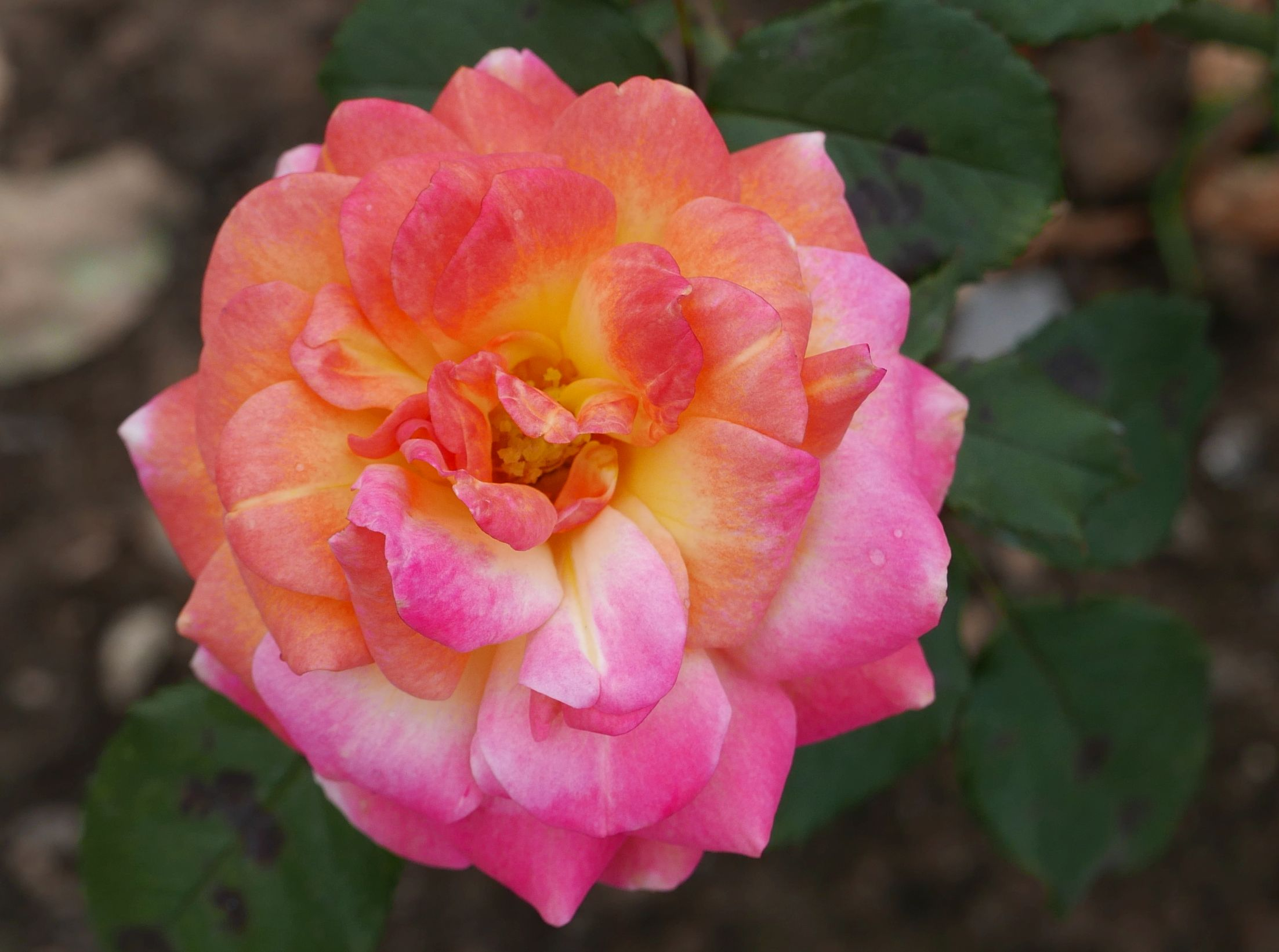
‘Barbarina’, Anni Berger, 1965
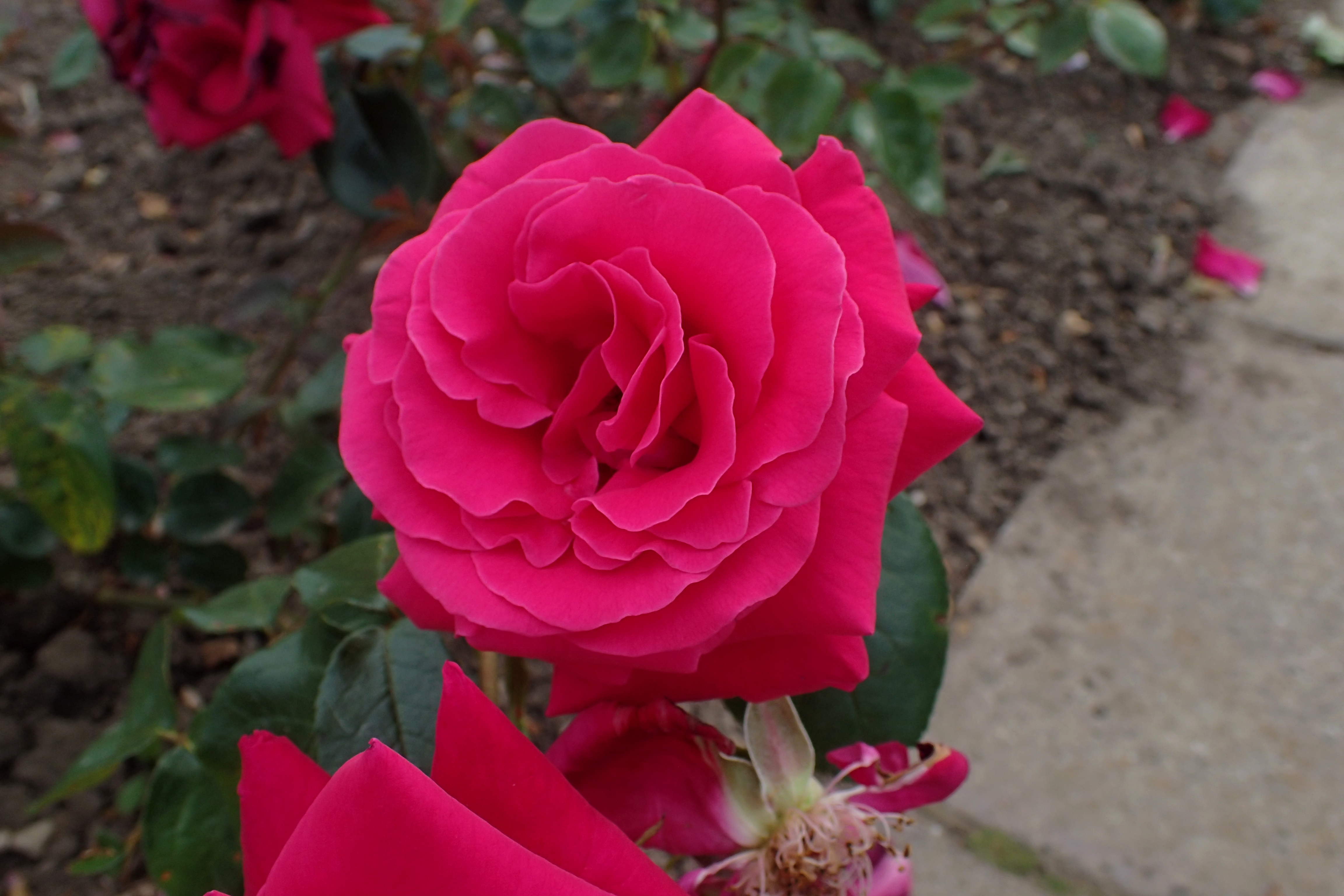
‘Barcarolle’, Louis Laperrière, vor 1959
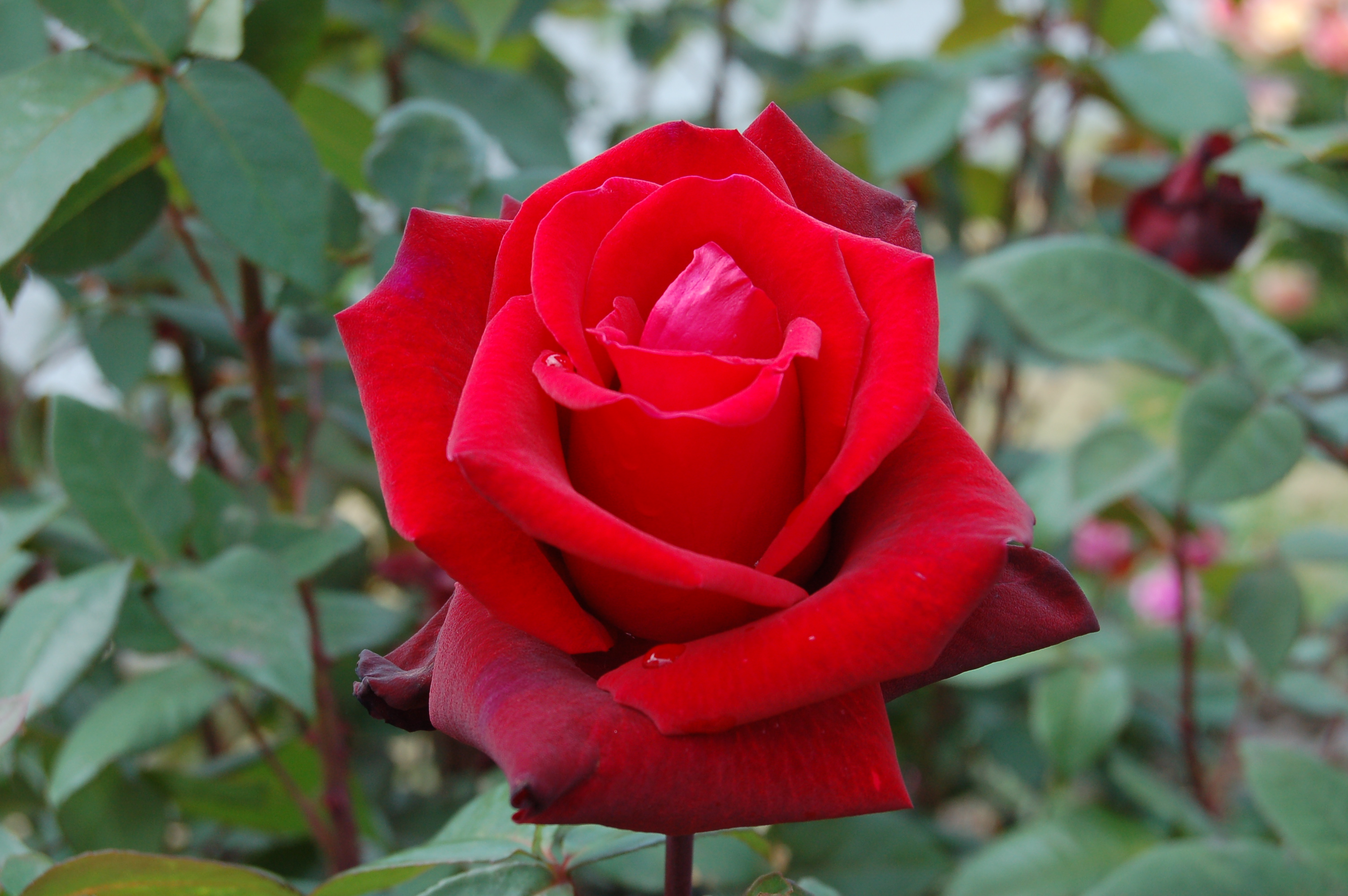
‘Barkarole’, Tantau, 1988
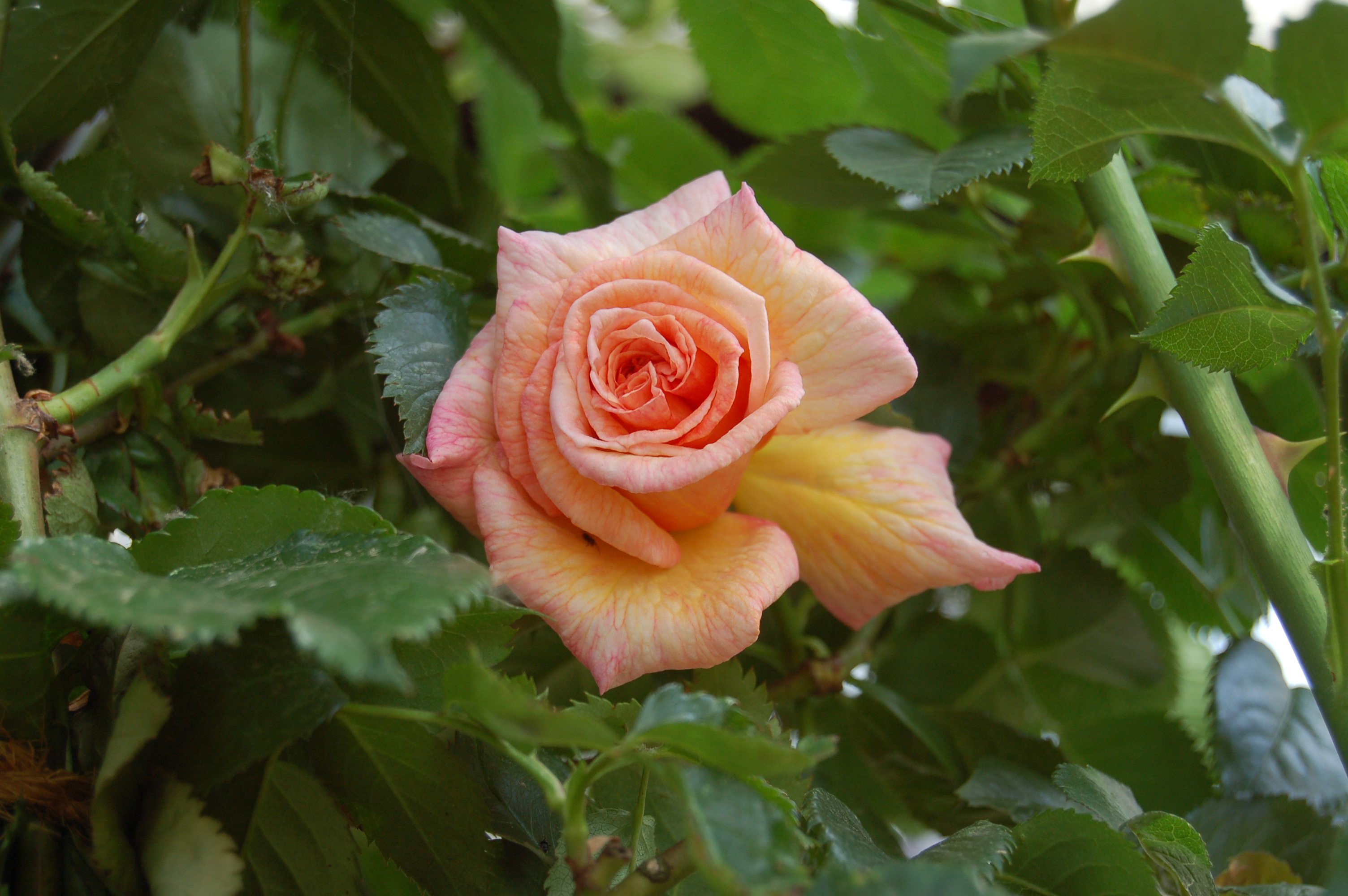
‘Barock’, Tantau, 1999
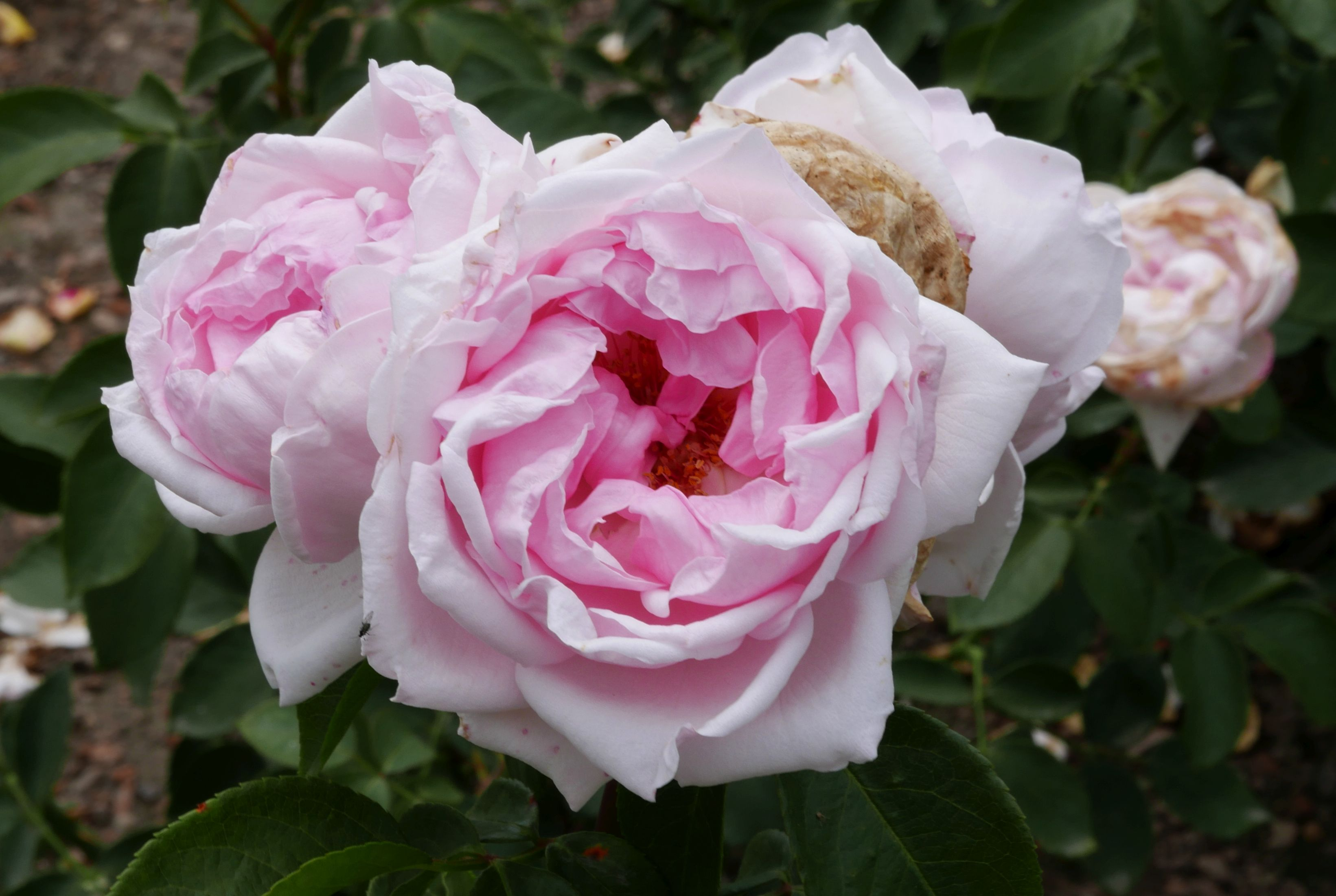
‘Barockstadt St. Pölten’, Meilland, 2005
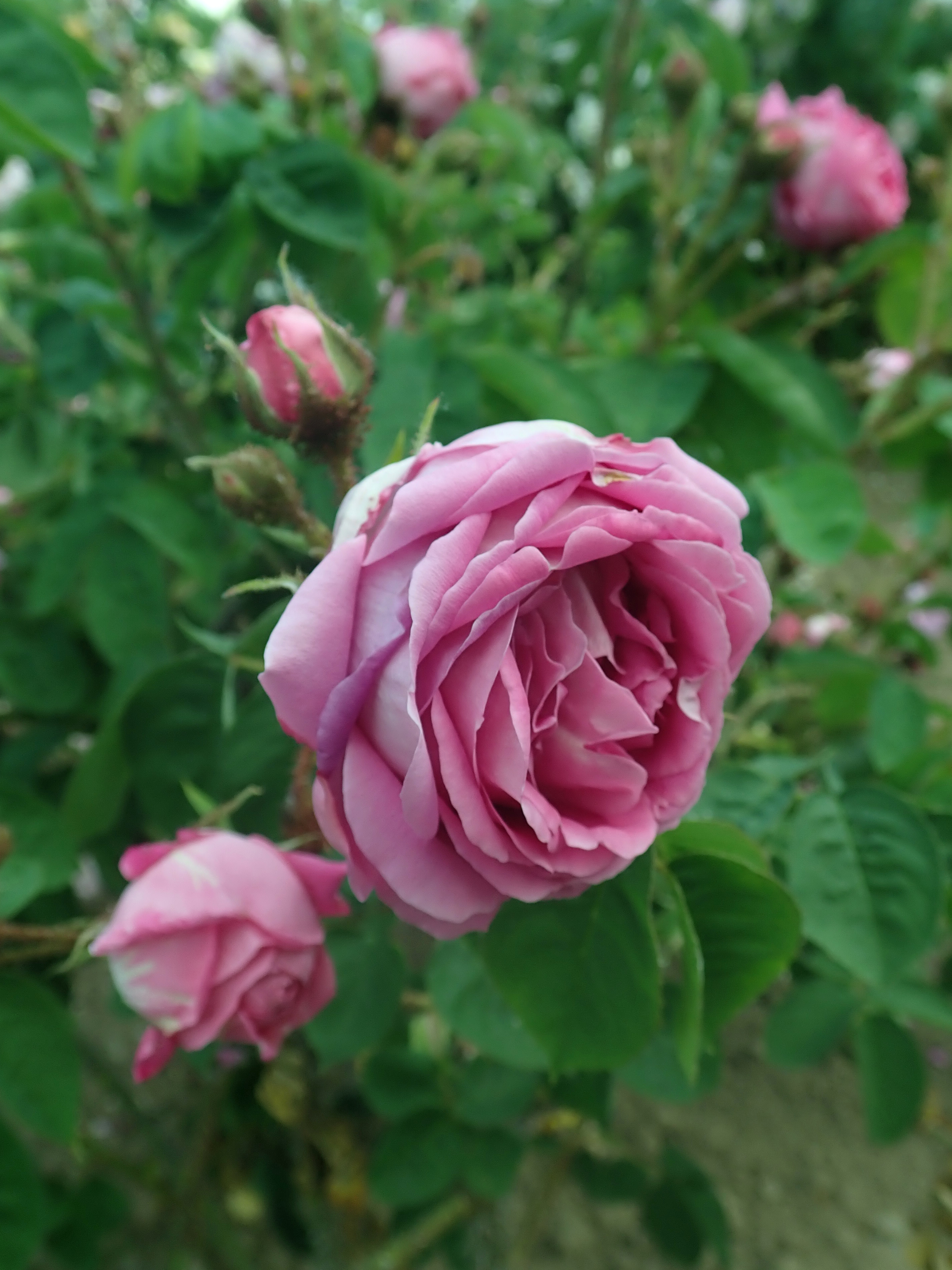
‘Baron de Wassenaer’, Victor Verdier, 1854
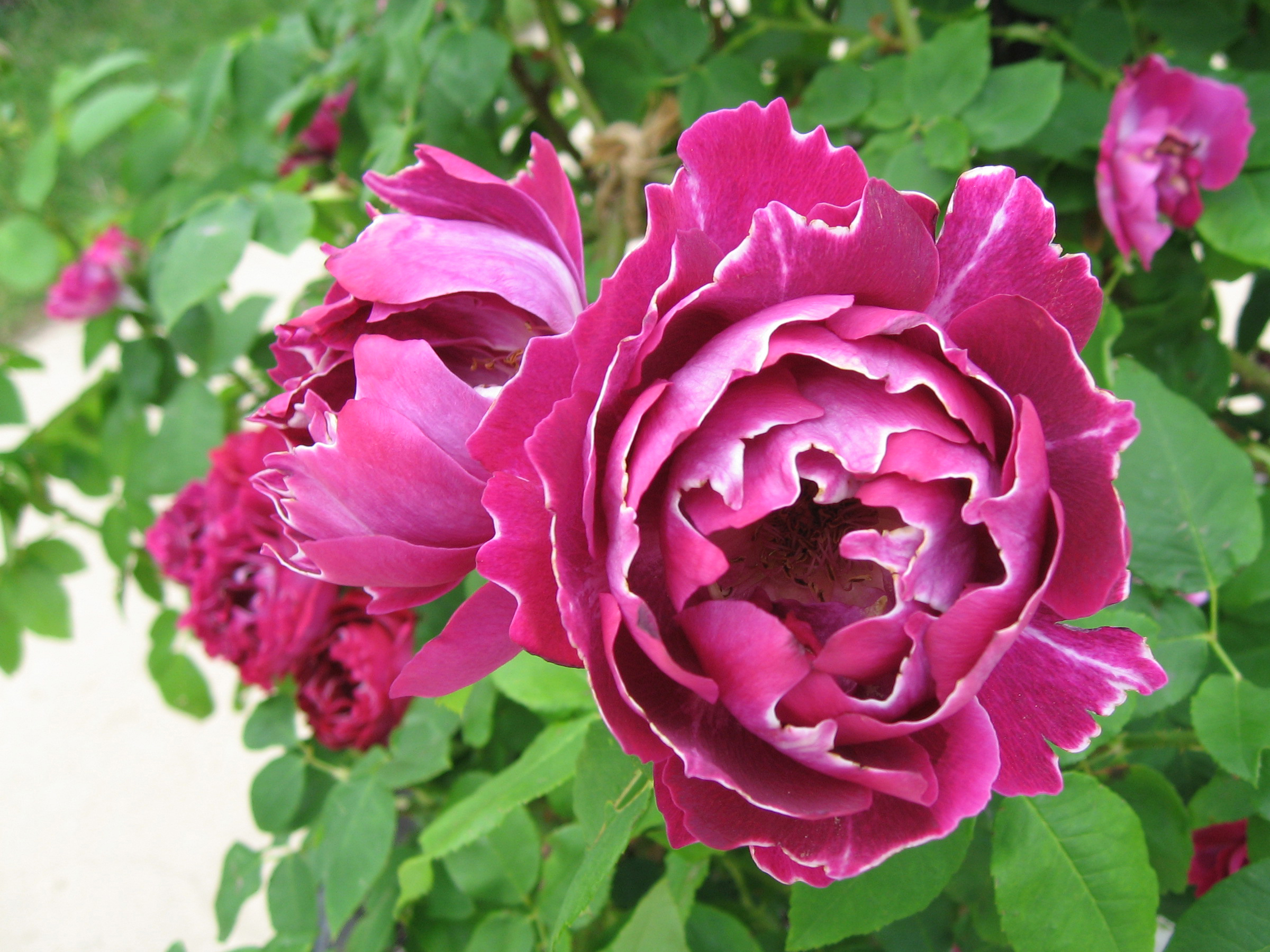
‘Baron Girod de l’Ain’, Reverchon, 1897
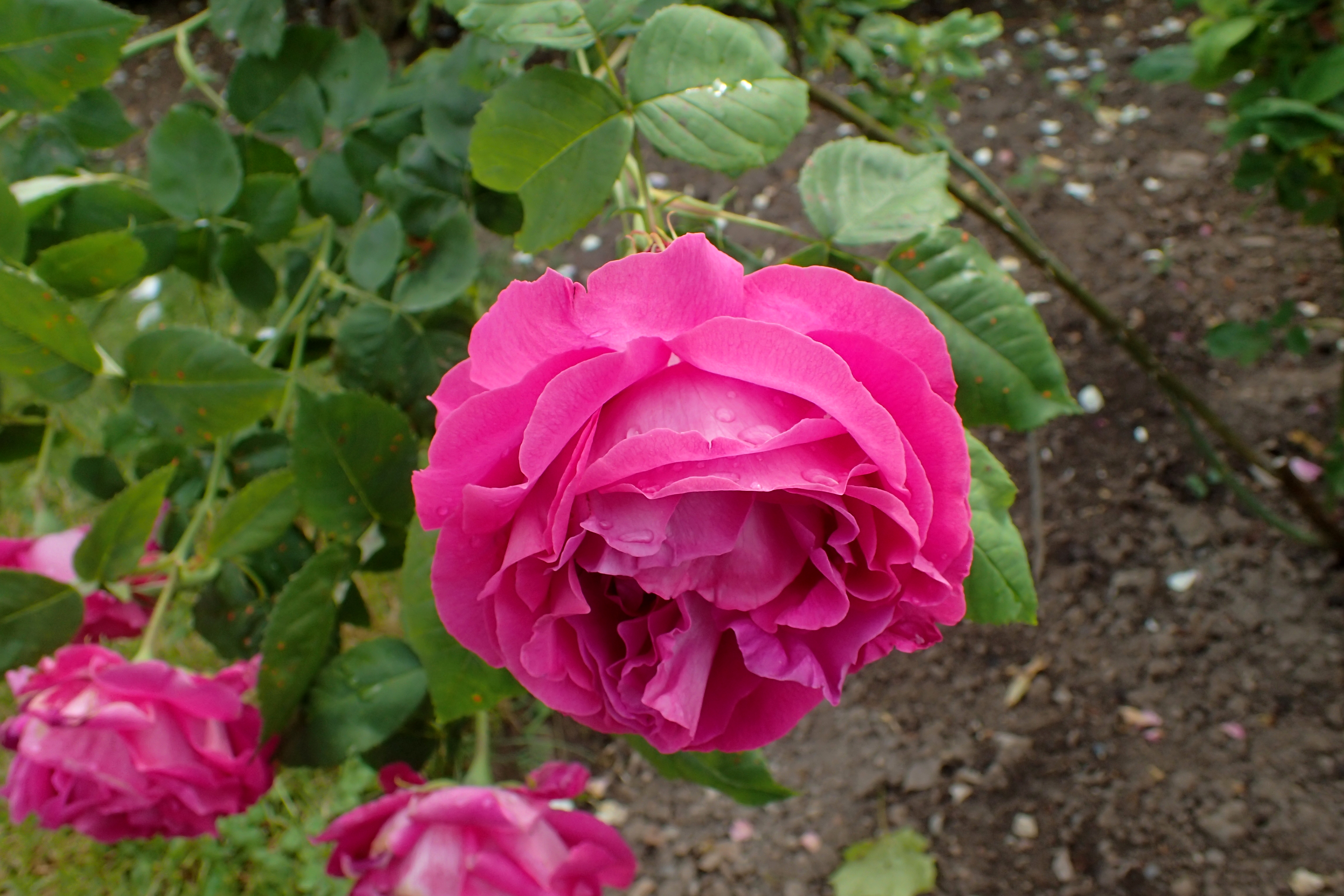
‘Baron Gonella’, Jean-Baptiste Guillot, 1859
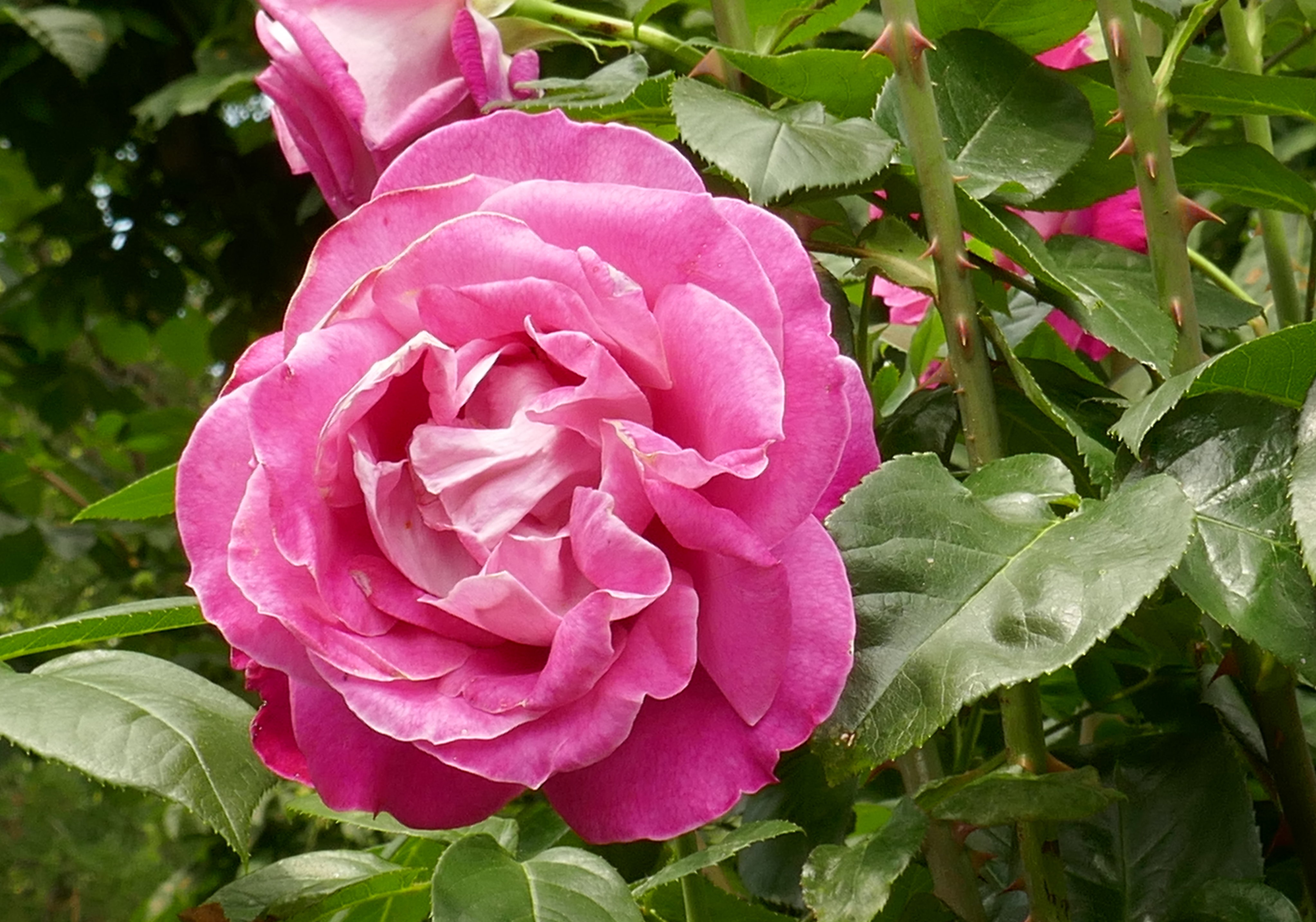
‘Baronne Edmond de Rothschild ’, Meilland, 1968
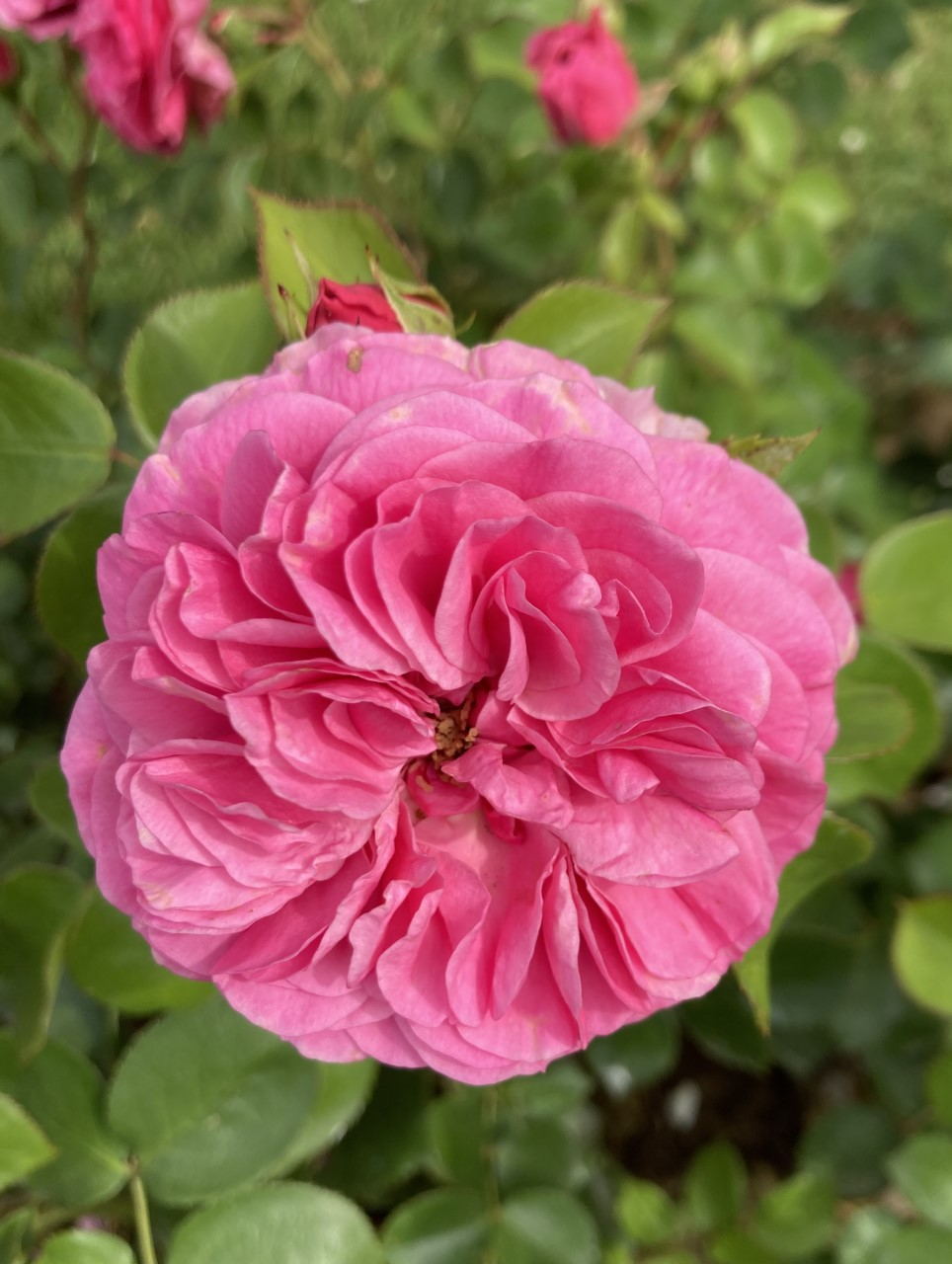
‘Baronesse’, Evers/Tantau, vor 2009
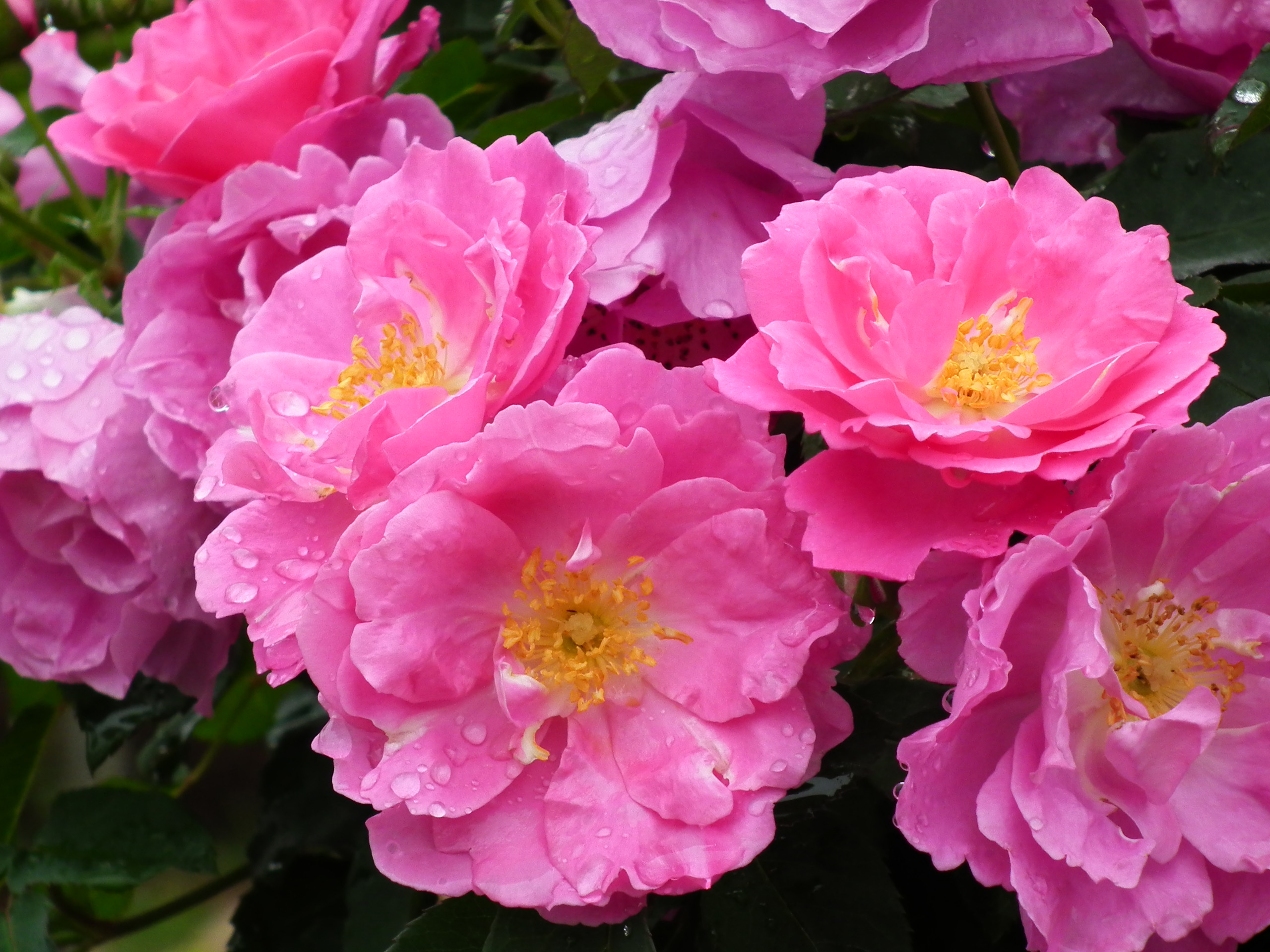
‘Baroque’ (oder ‘Baroque Floorshow’), Harkness, 1995
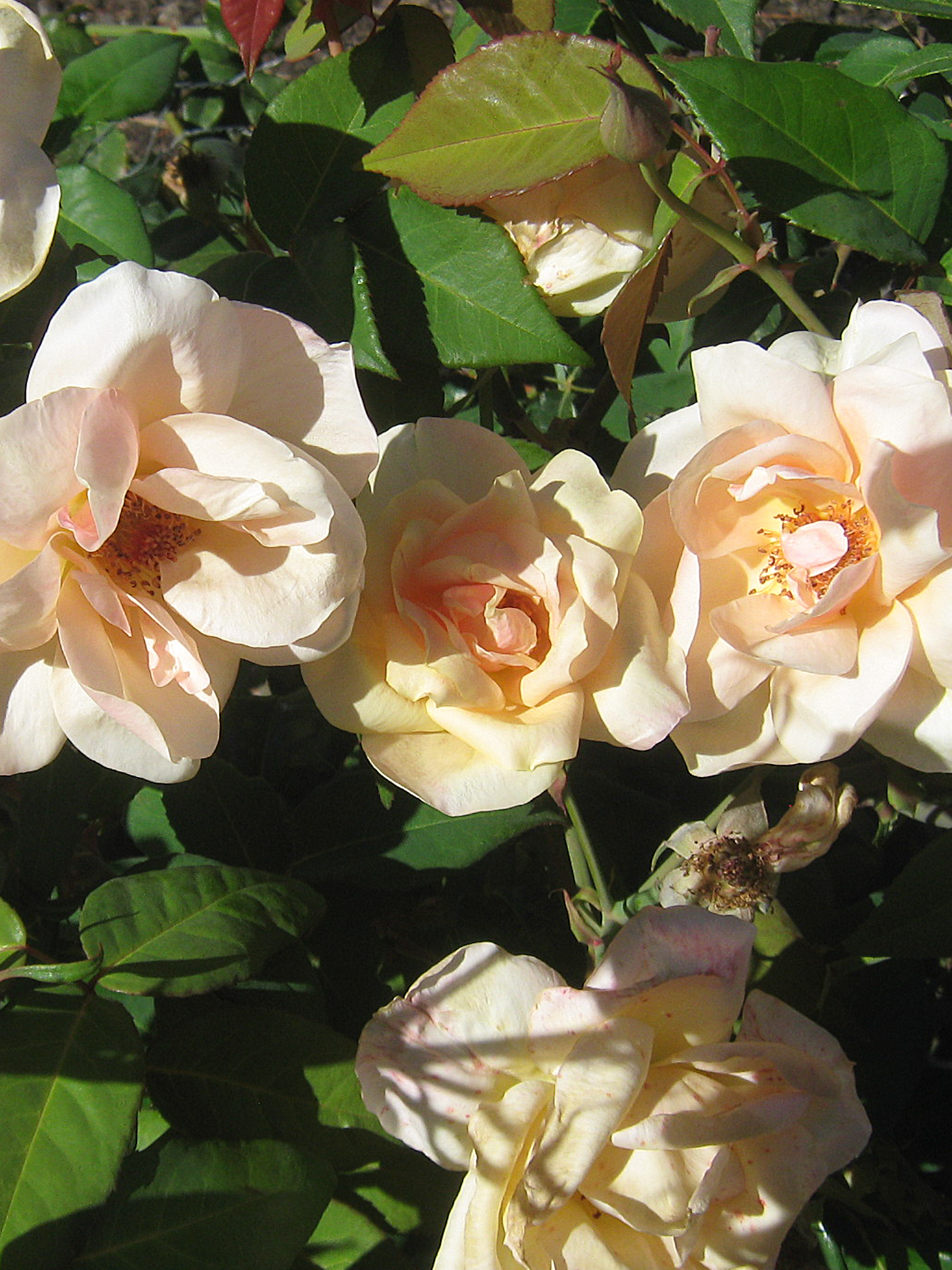
‘Baxter Beauty’, Grimwade, 1938
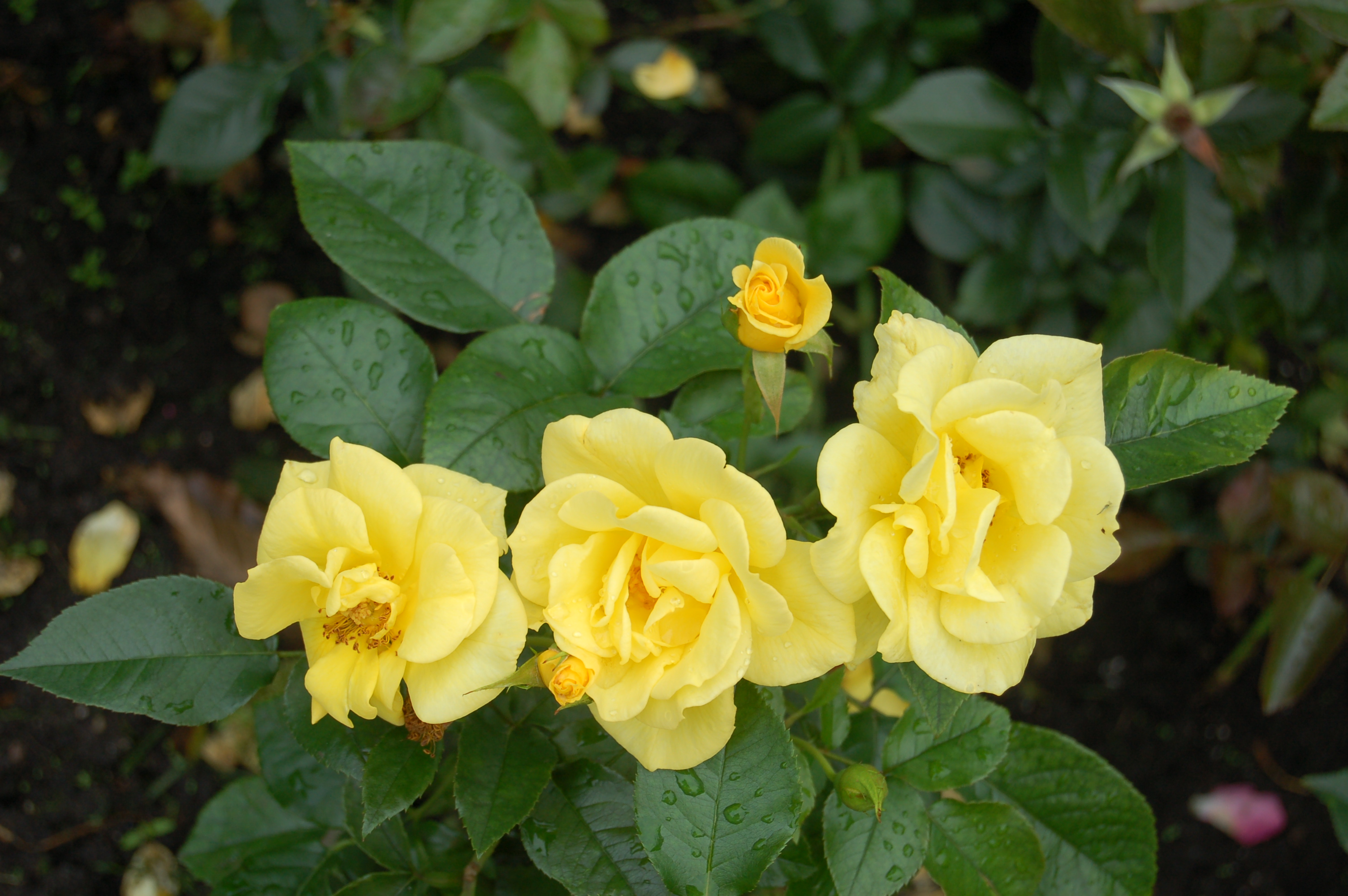
‘Bayerngold’, Tantau, 1990
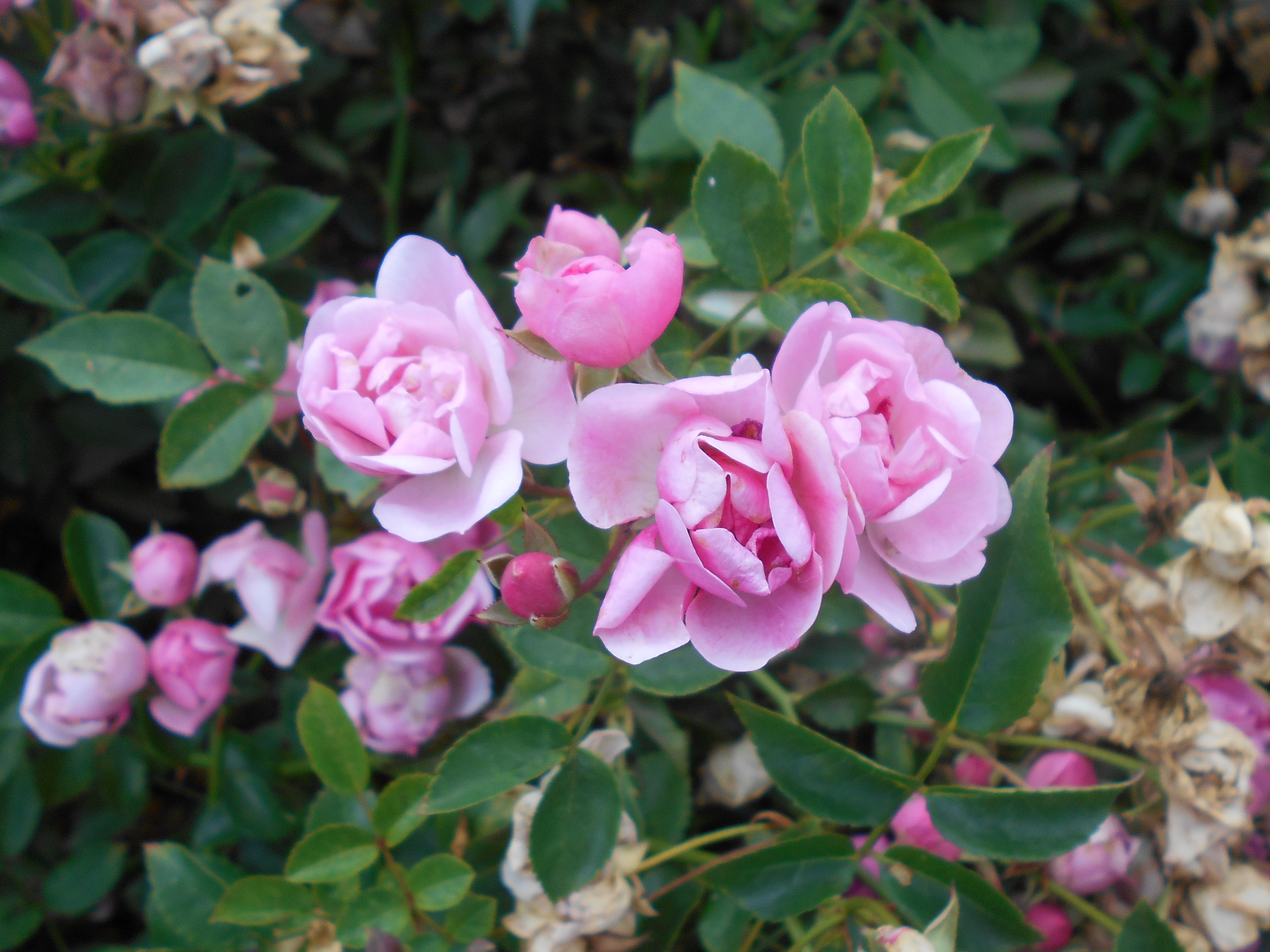
‘Bayern’ (auch ‘Bayernland Cover’), Olesen/Poulsen, 1986
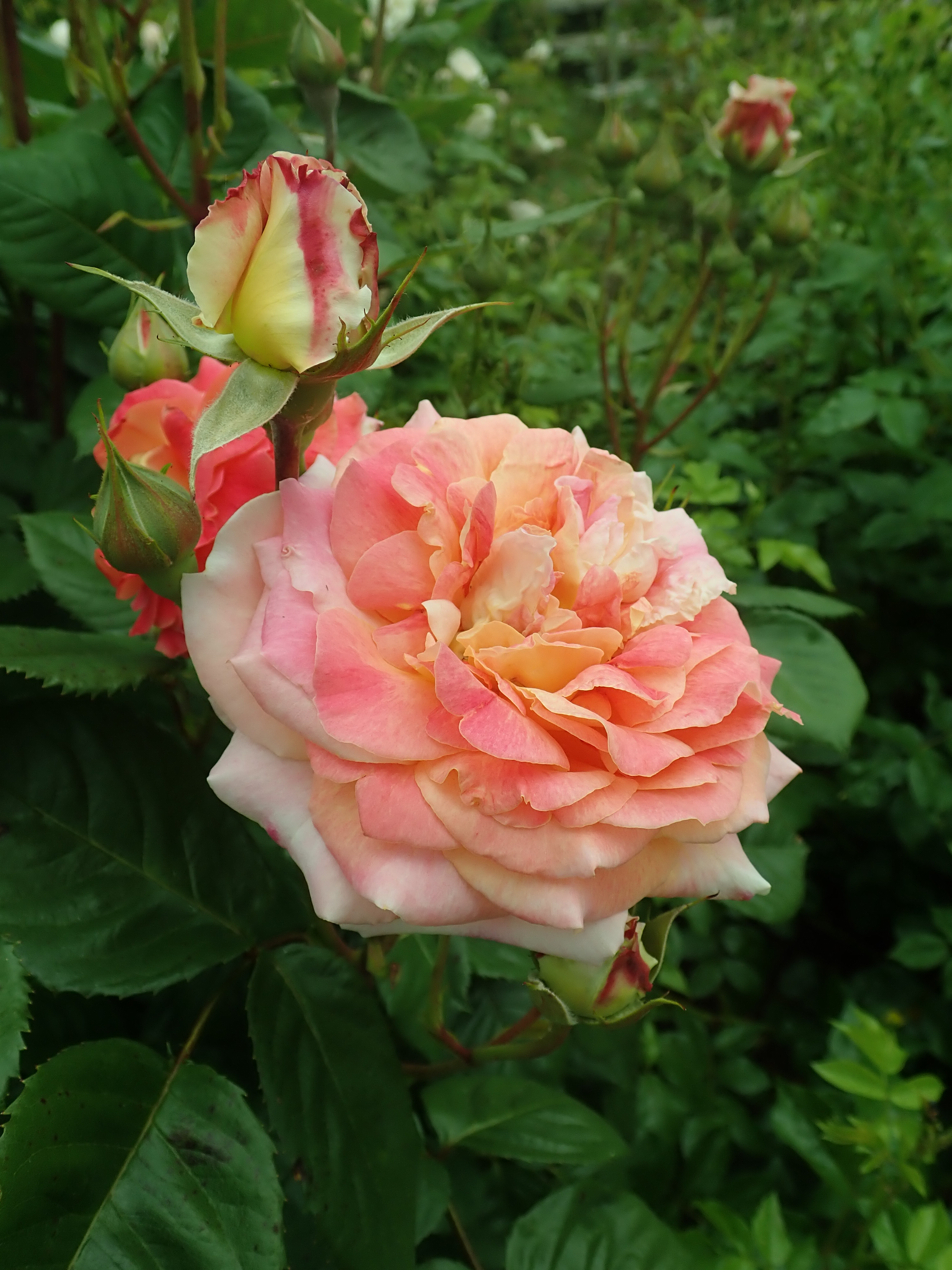
‘Bayreuth’, Kordes, 1965
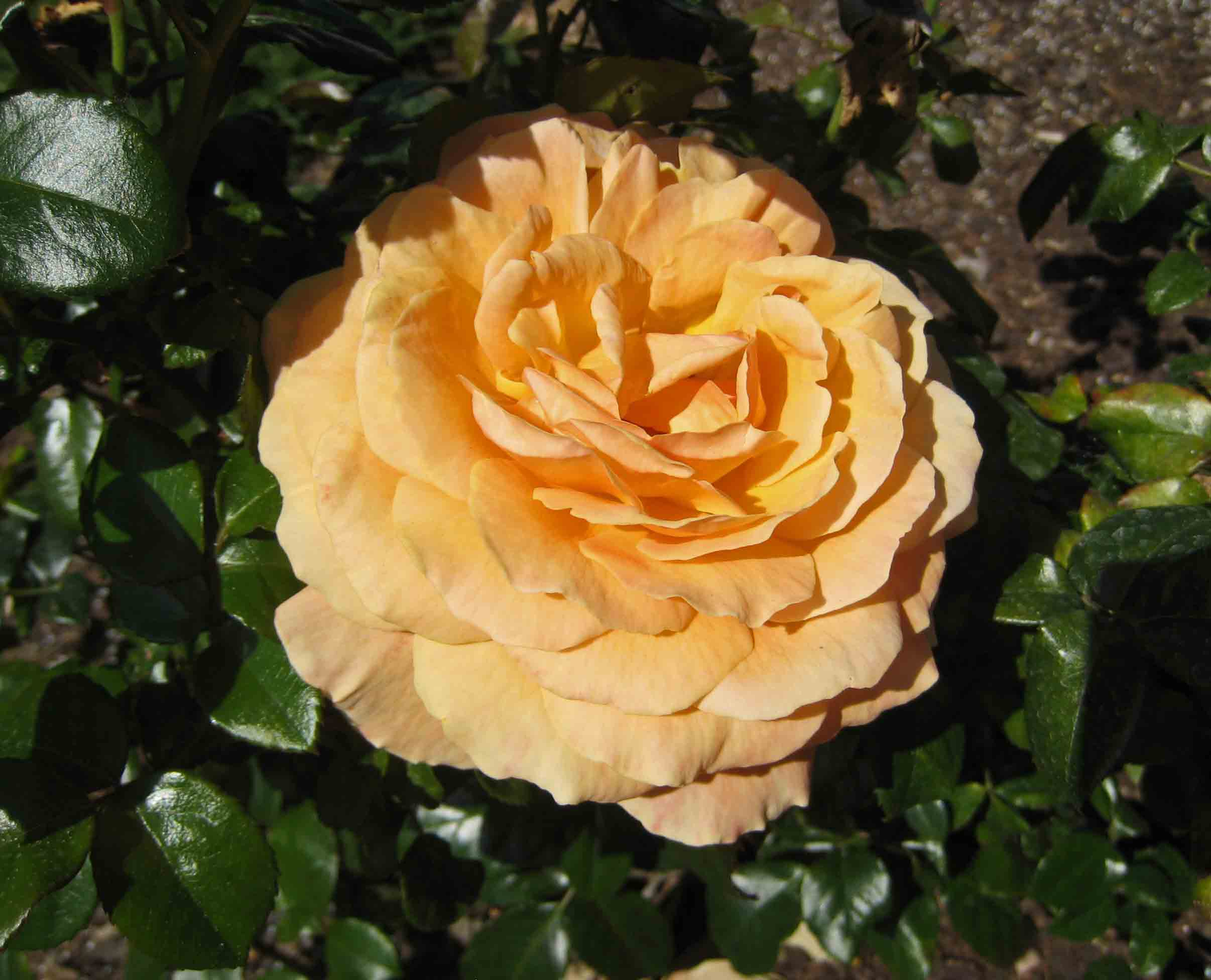
‘Beach Baby’, David Benny, 2002
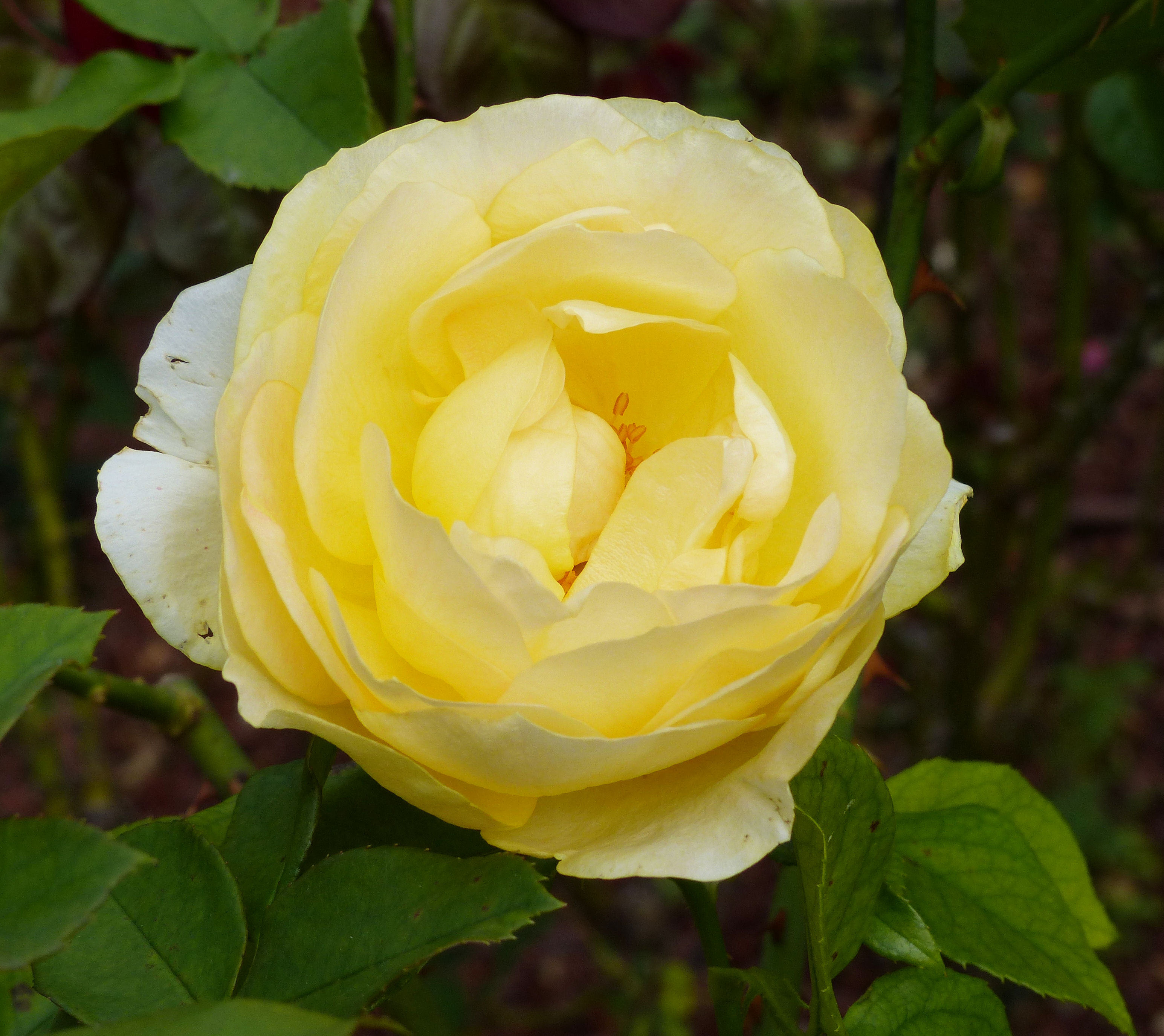
‘Beatrice I d’Este’, Delbard, 2005
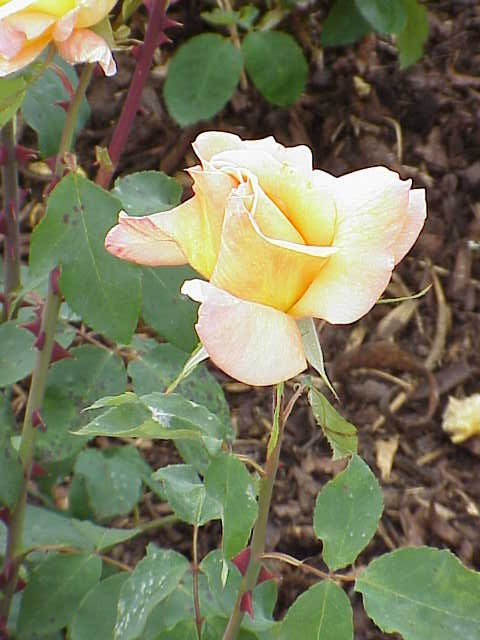
‘Beauté’, Mallerin, 1953
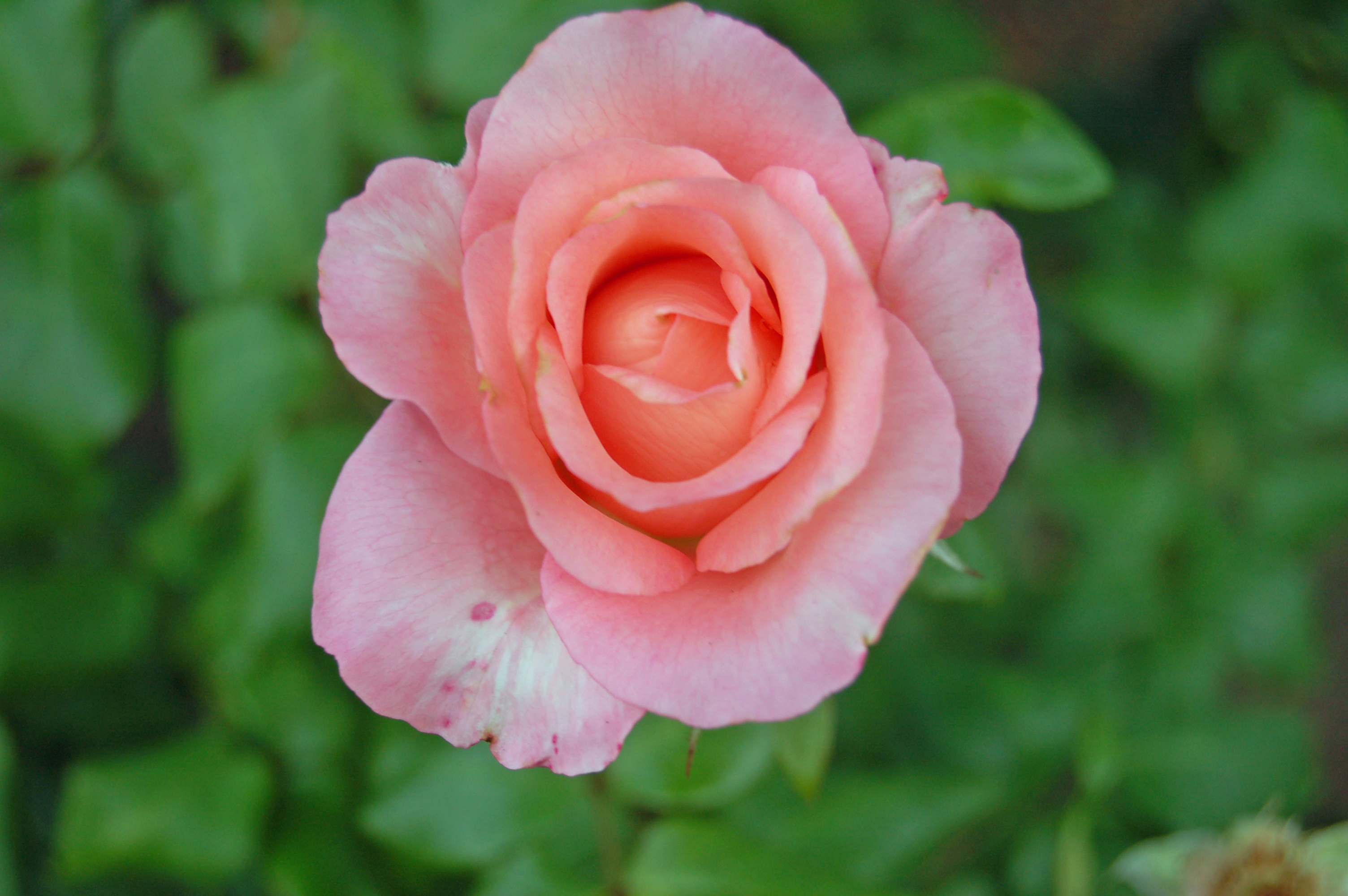
‘Belami’, Kordes, 1985
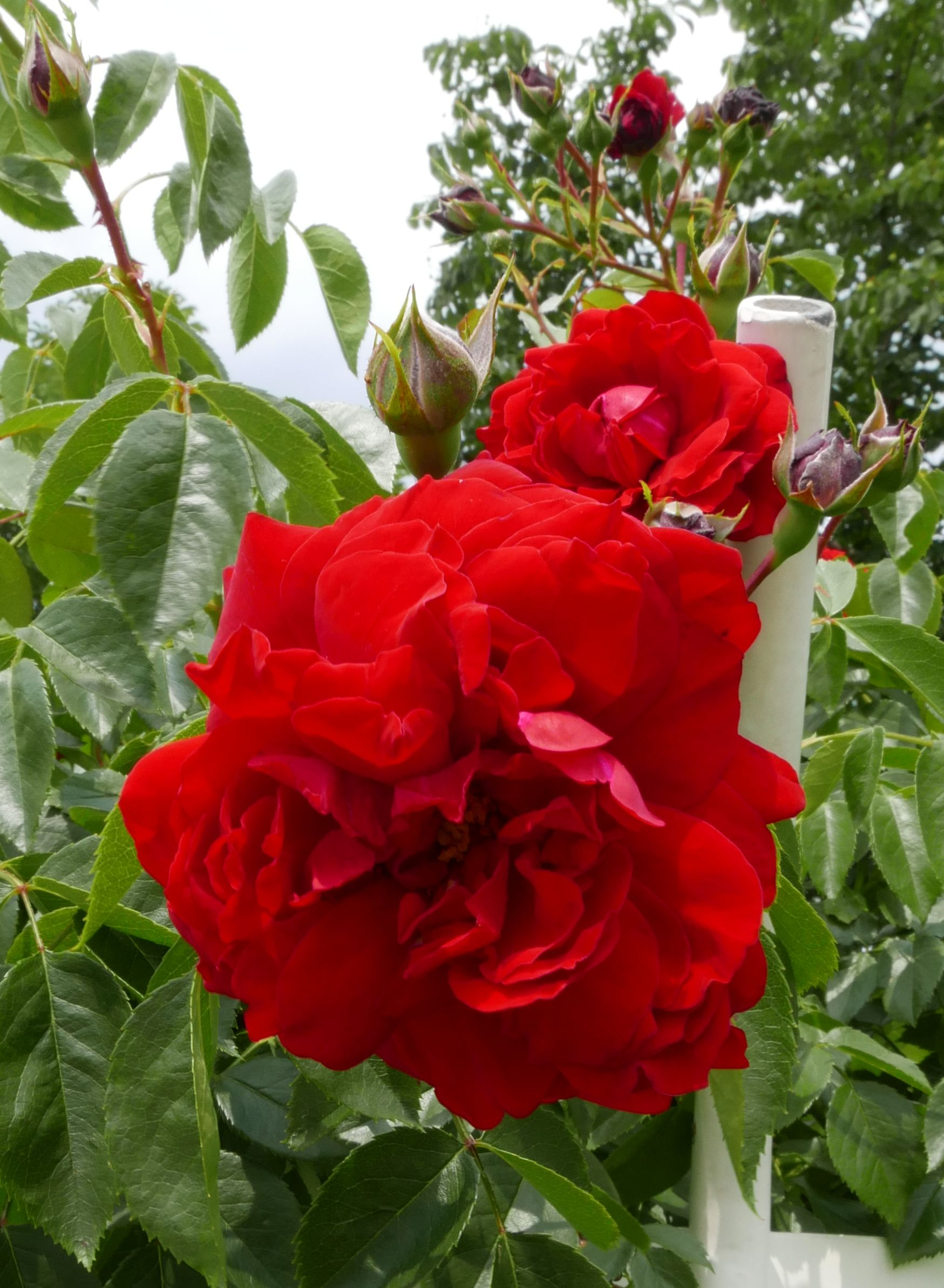
‘Belkanto’, Noack, 2004
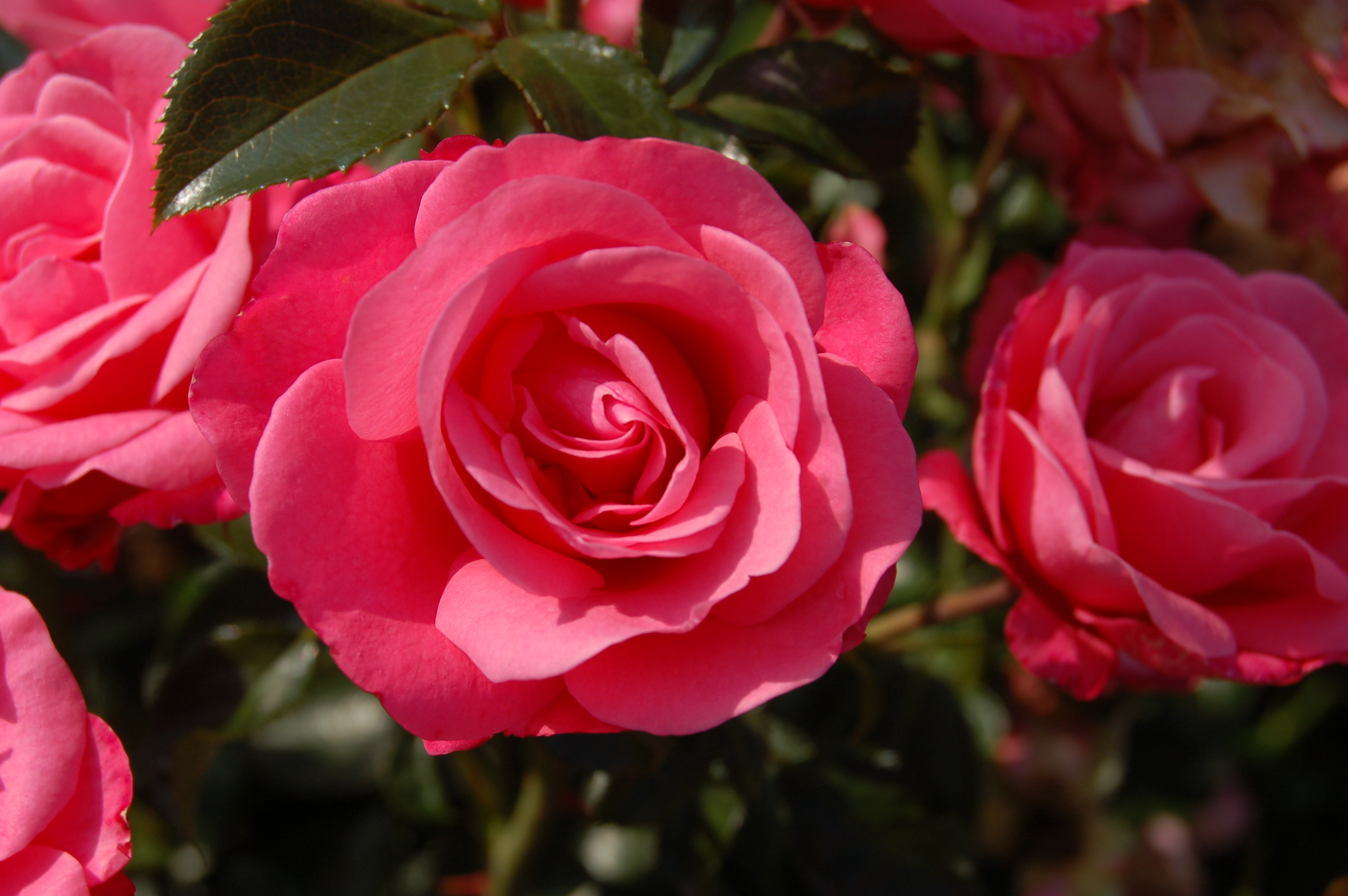
‘Bella Rosa’, Kordes, 1982
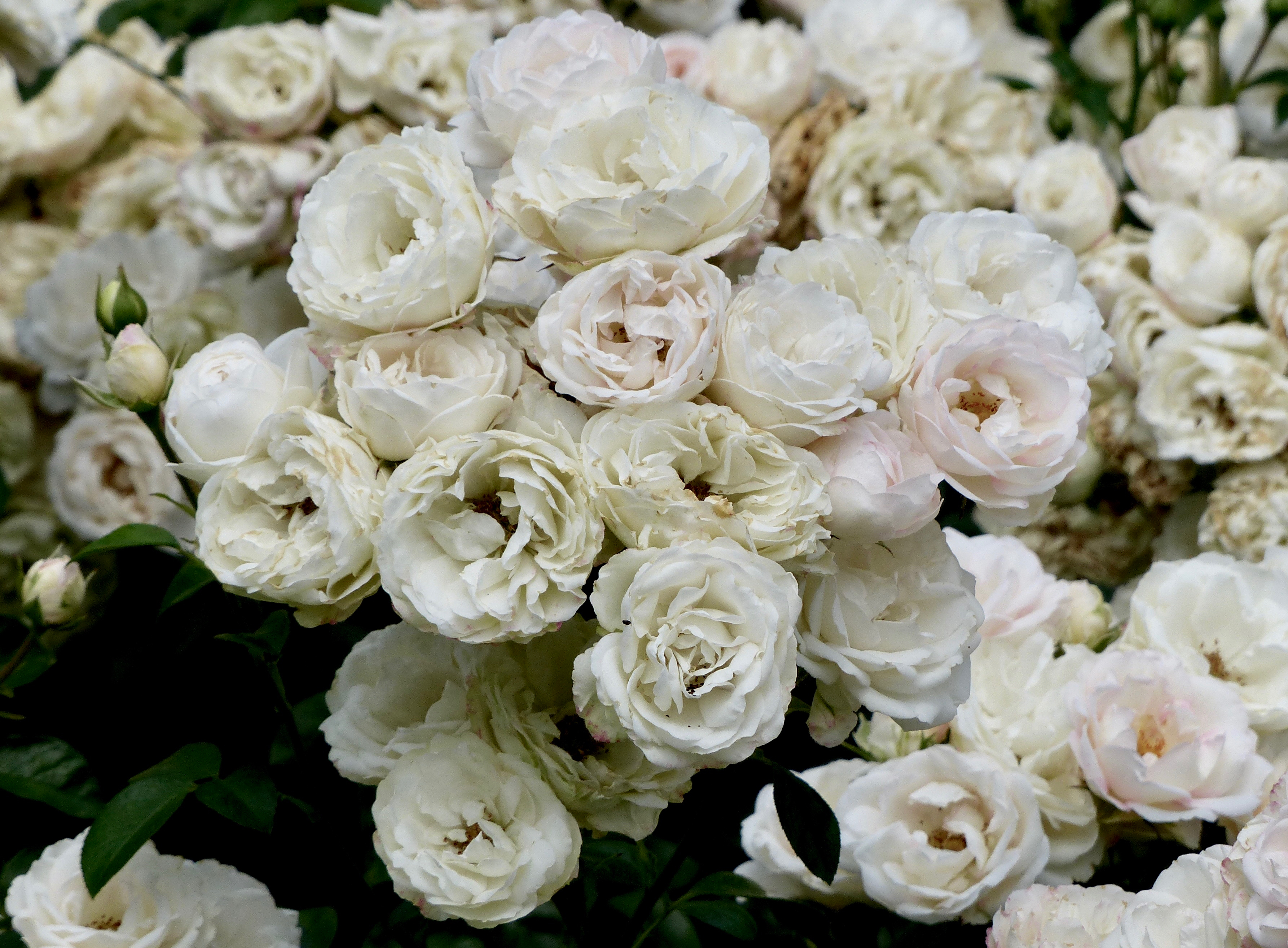
‘Bella Weiss’, Kordes, 1989
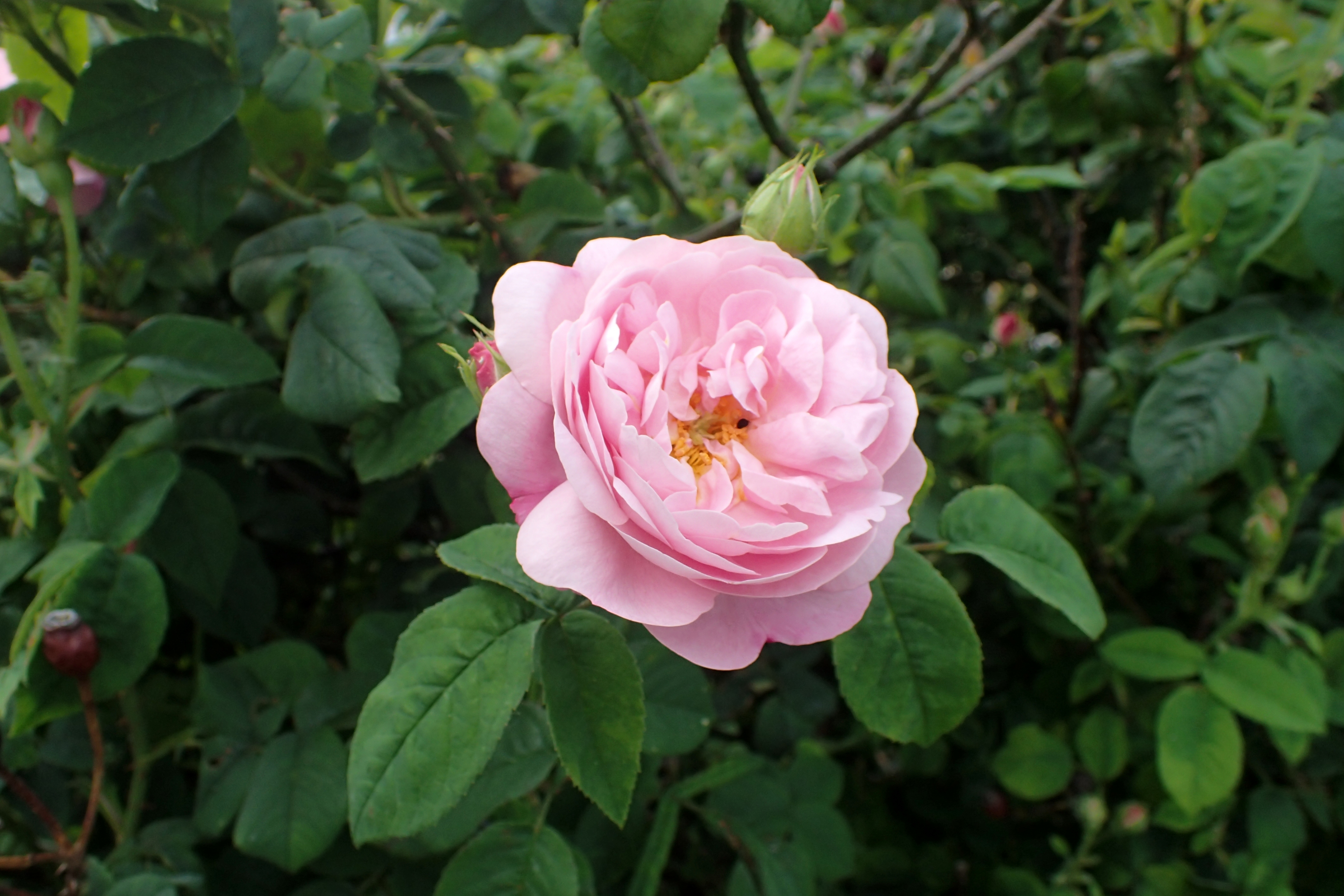
‘Belle Amour’, ?, um 1850
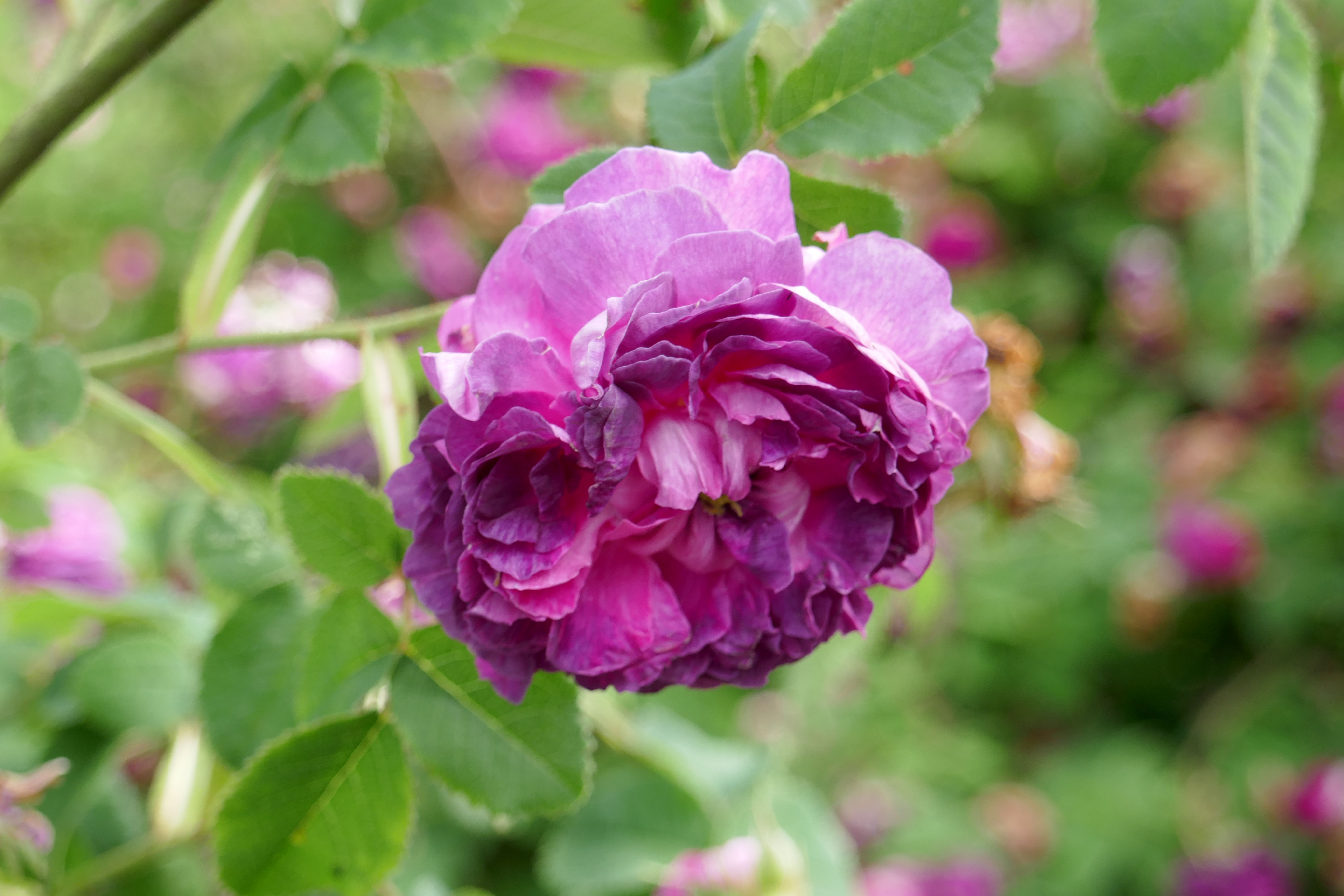
‘Belle de Crécy’, Roeser, vor 1836
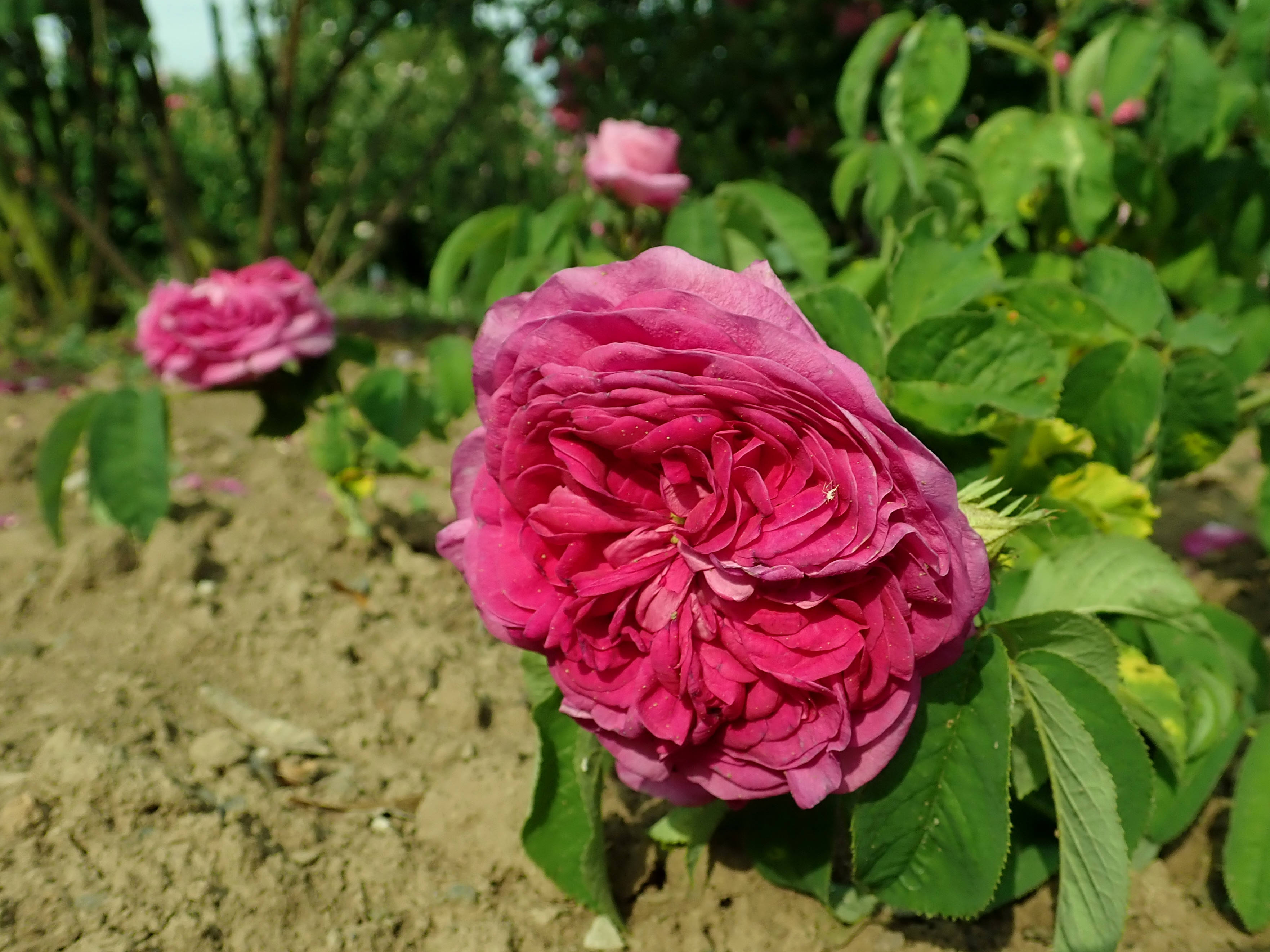
‘Belle de Yebles’, Jean Desprez, vor 1835
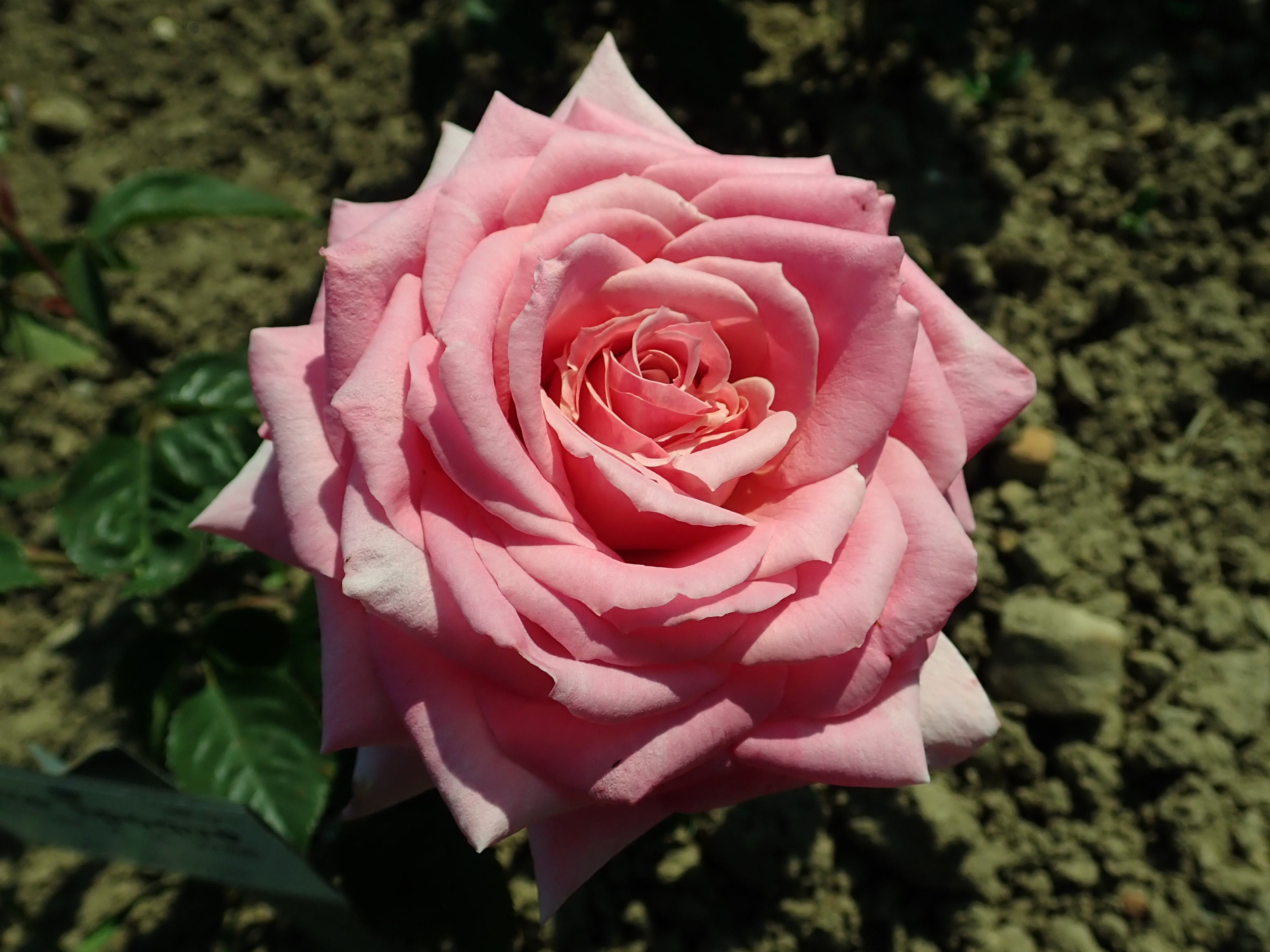
‘Belle Epoque’, Karl Heinz Michler, 1988
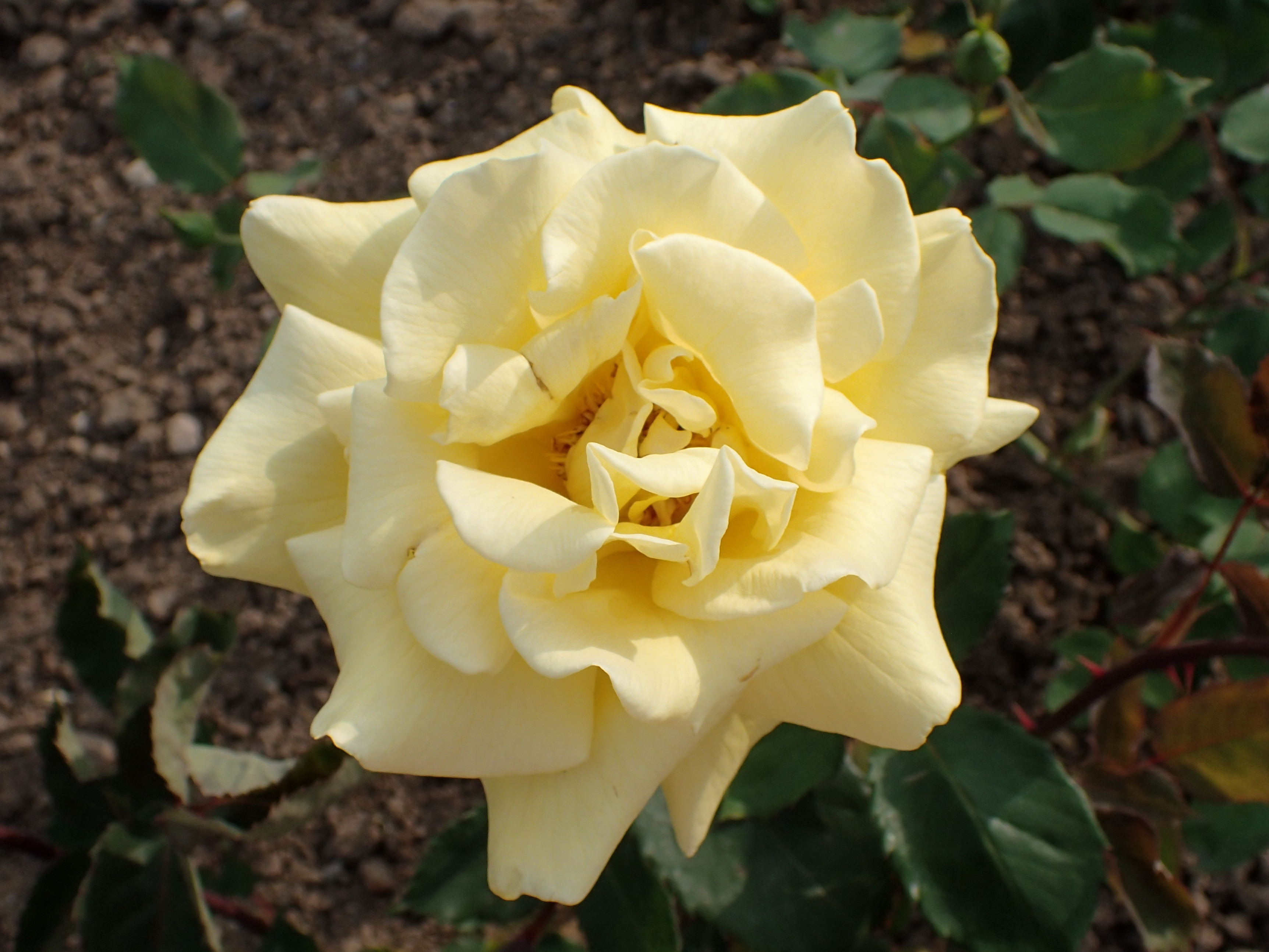
‘Belle Étoile’, Louis Lens, 1961
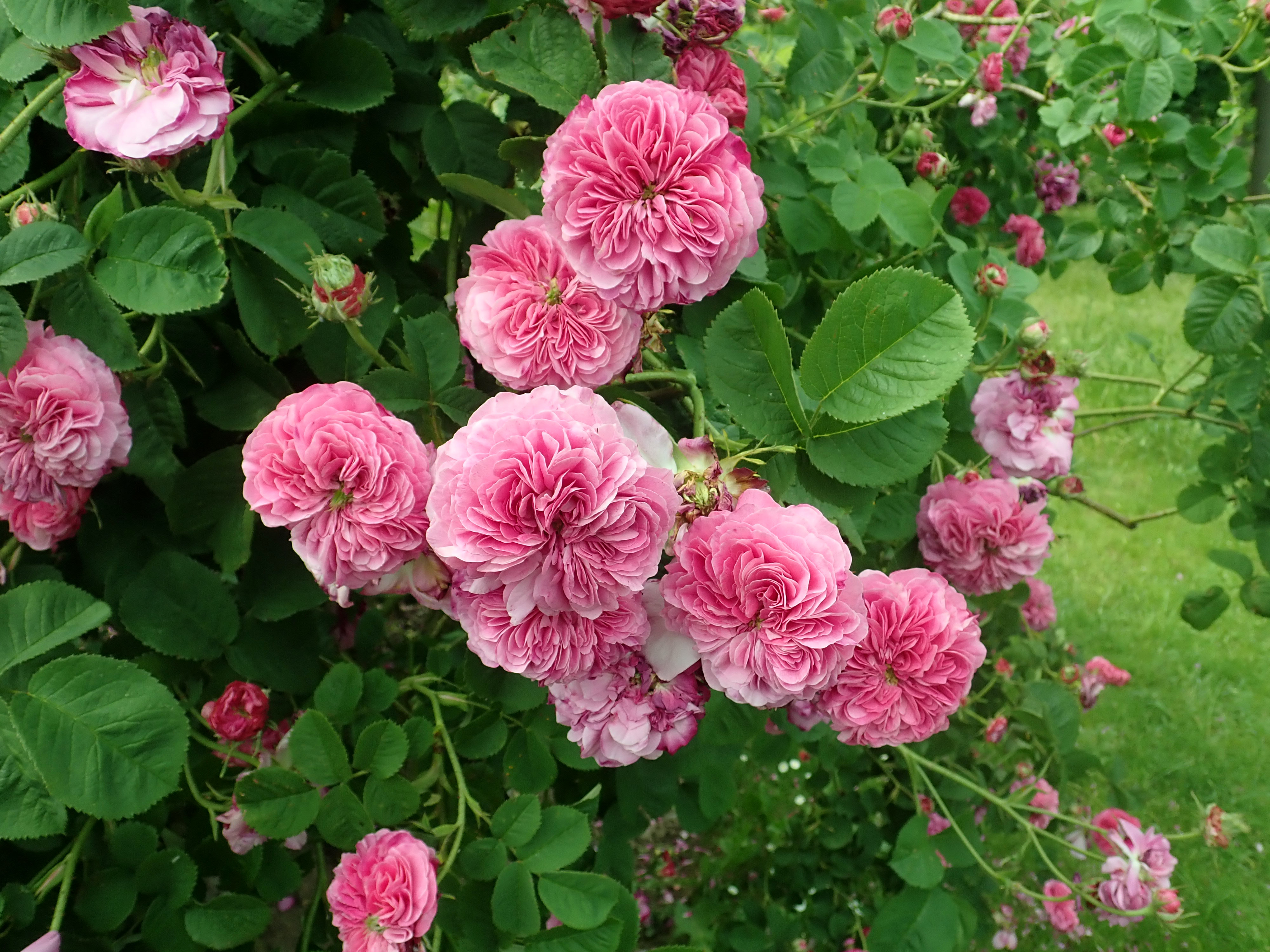
‘Belle Herminie’, Coquerel, vor 1829
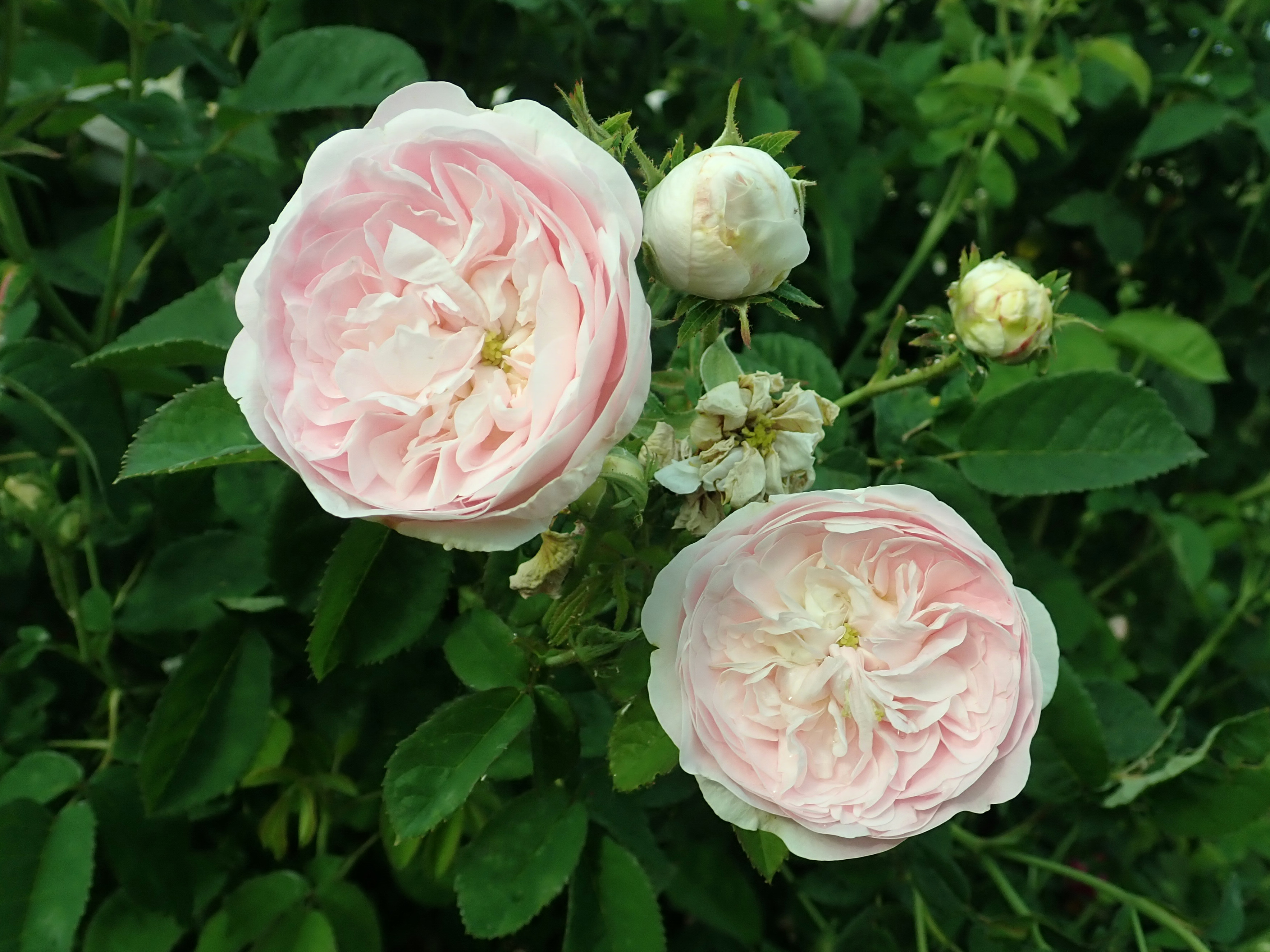
‘Belle Isis’, Parmentier, 1845
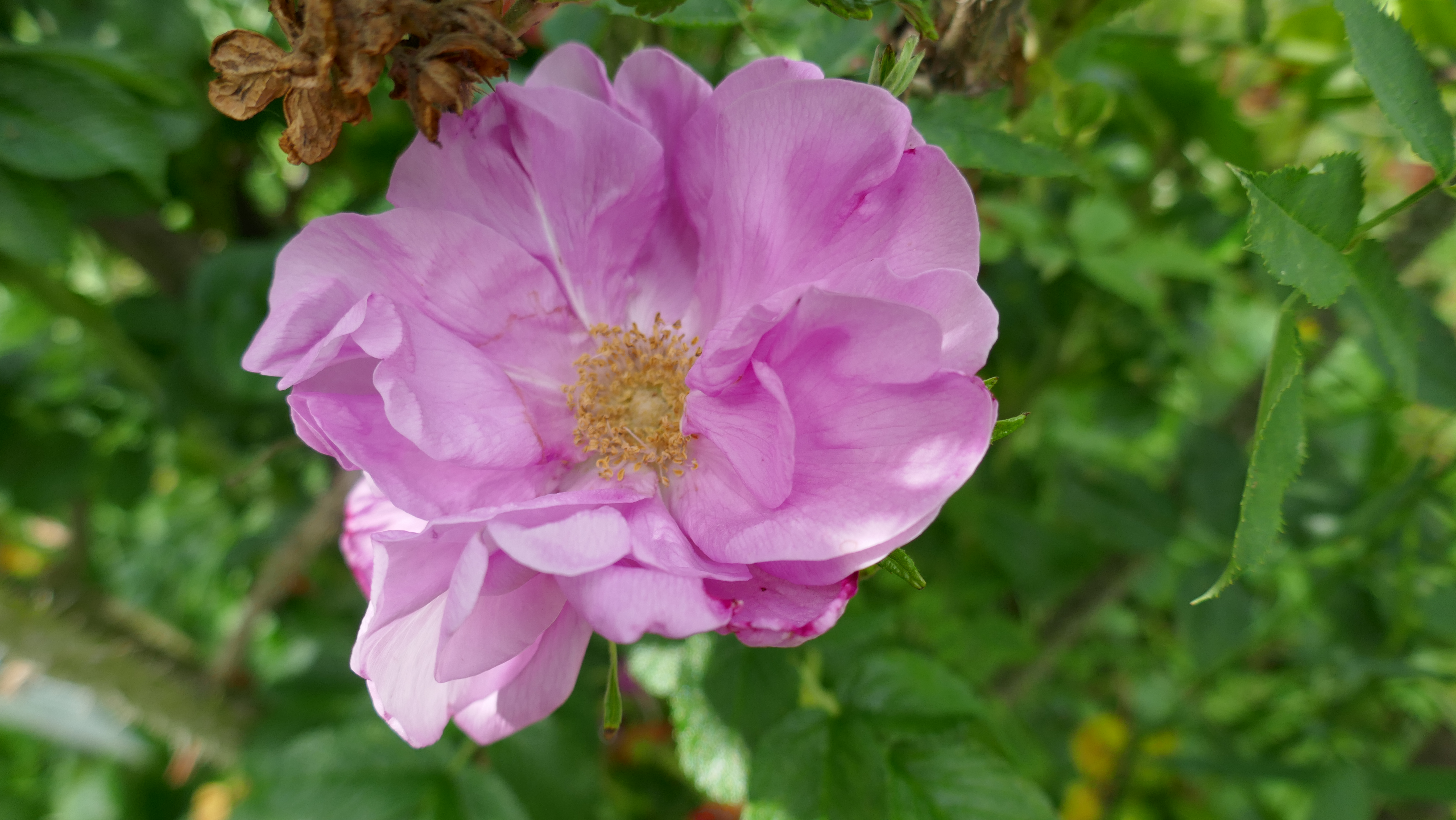
‘Belle Poitevine’, Bruant, 1894
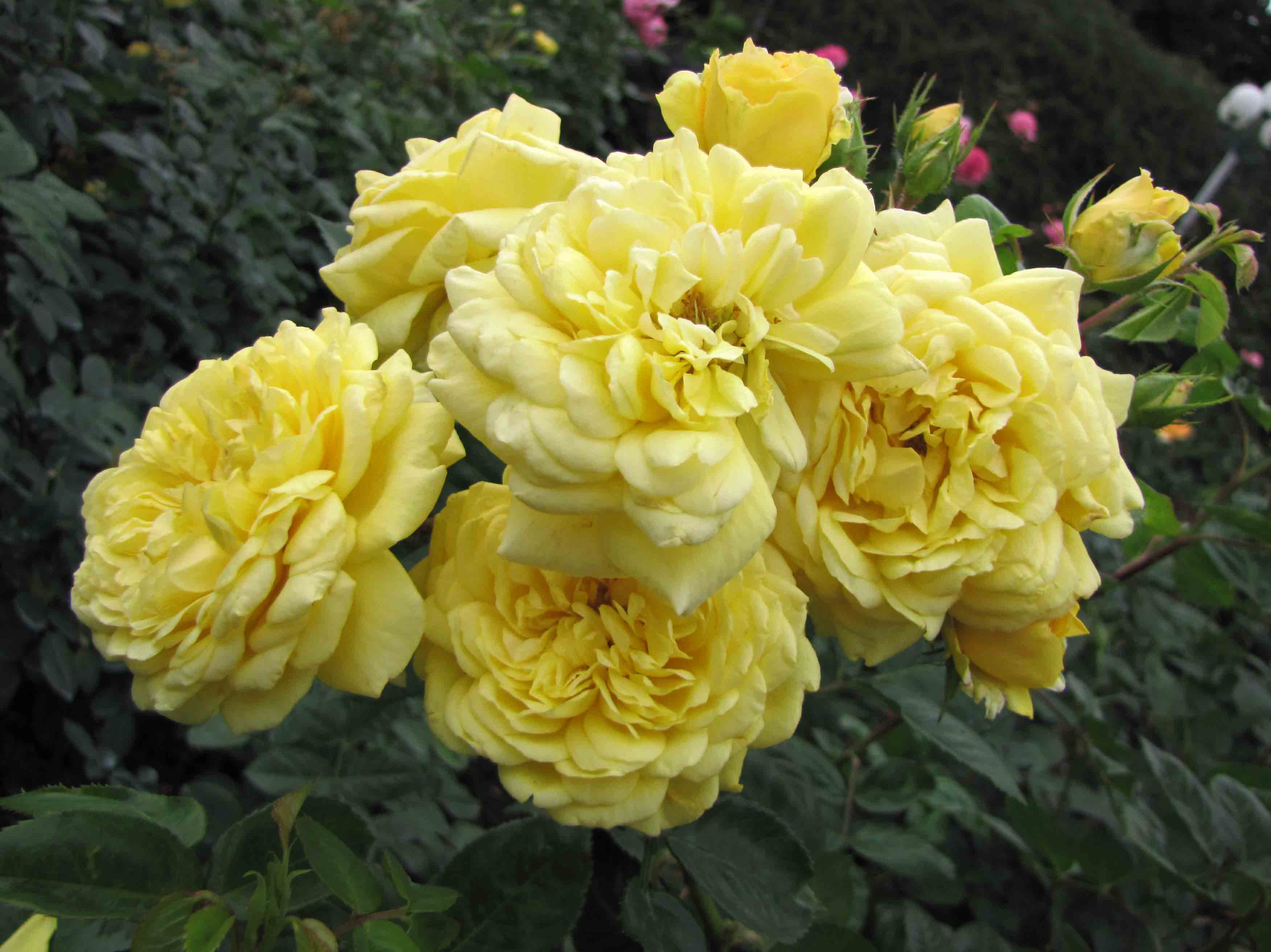
‘Belle Romantica’, Meilland, 2006
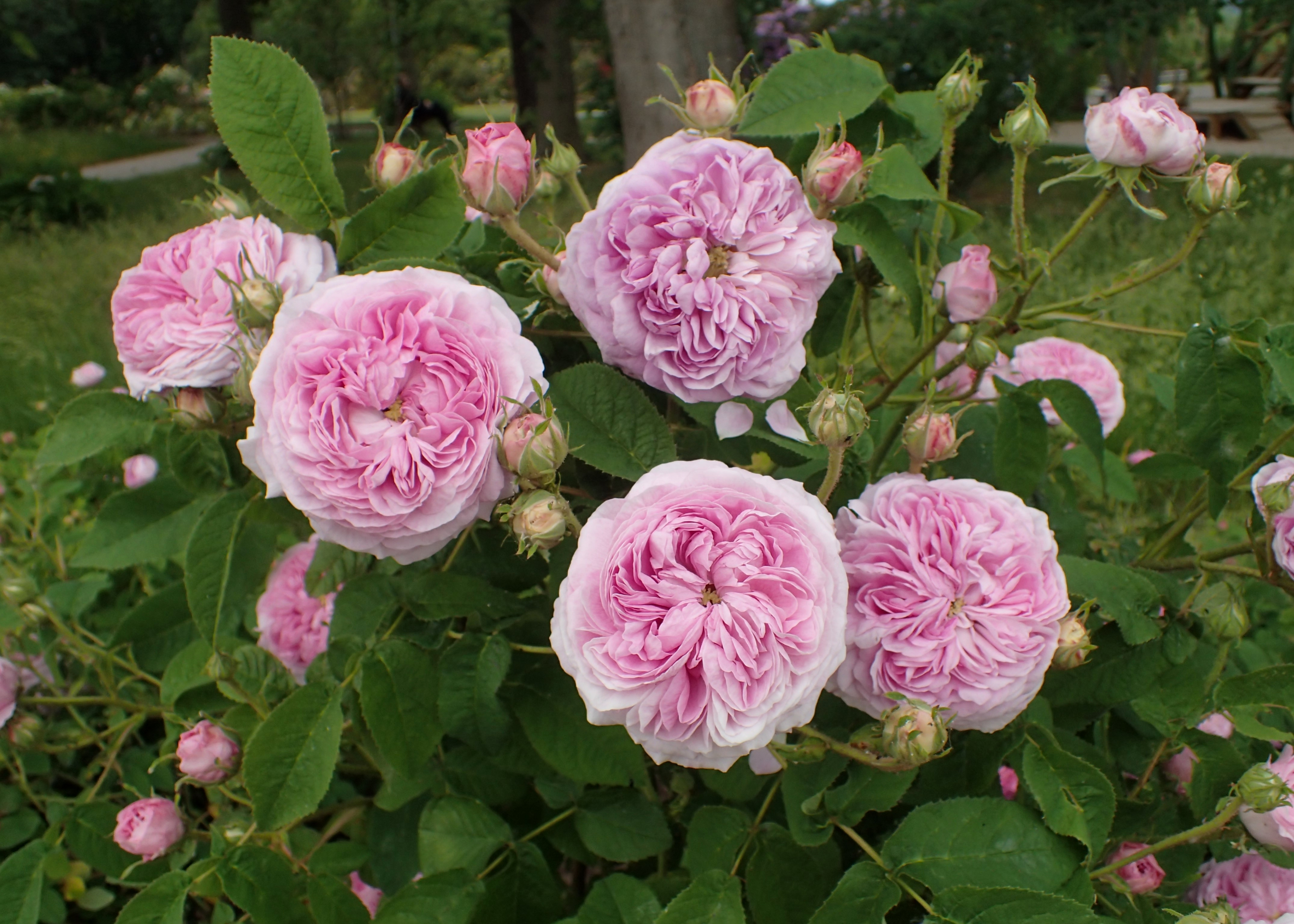
‘Belle sans flatterie’, vor 1806
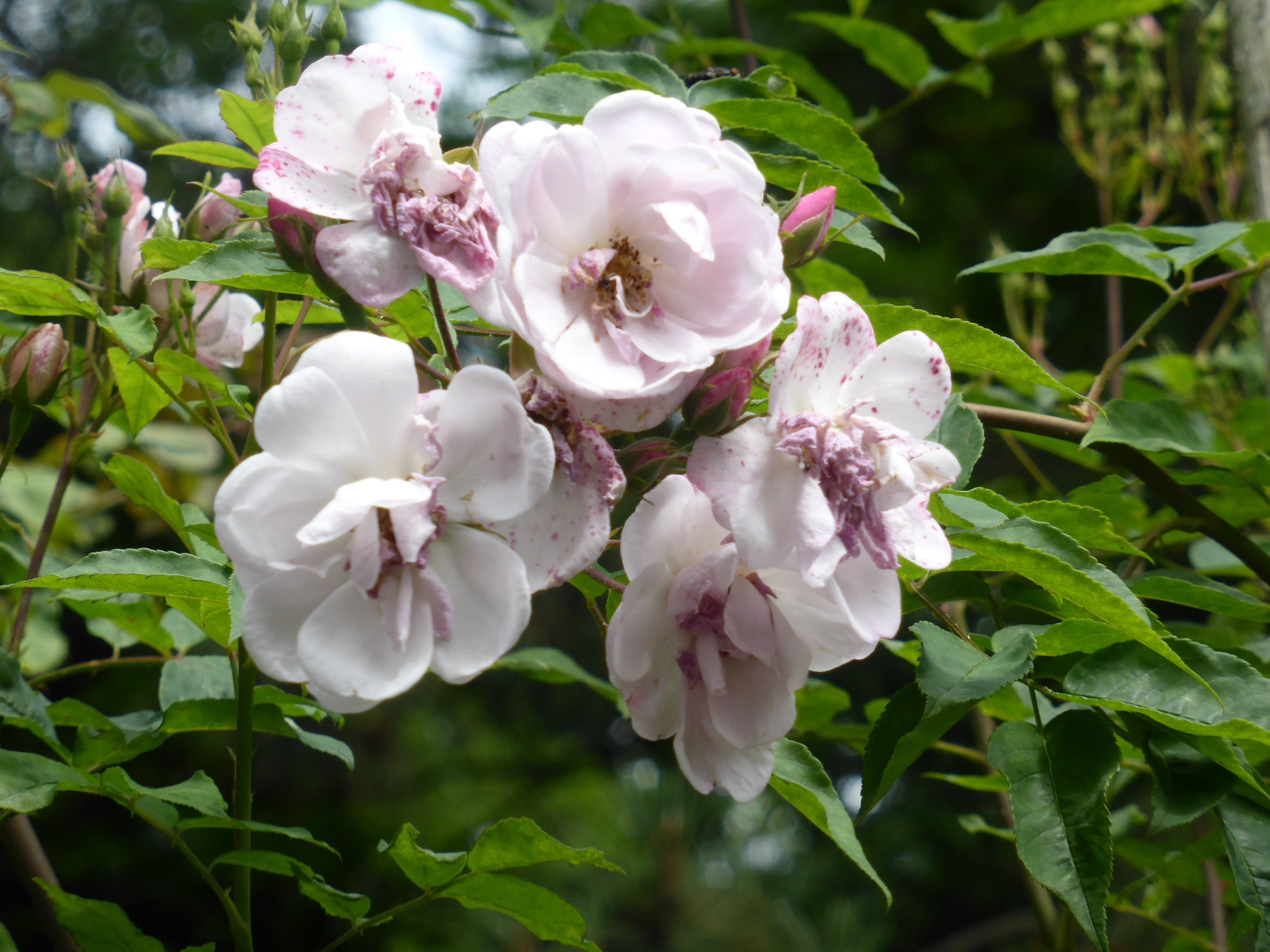
‘Belle Vichyssoise’, Lévêque, 1895
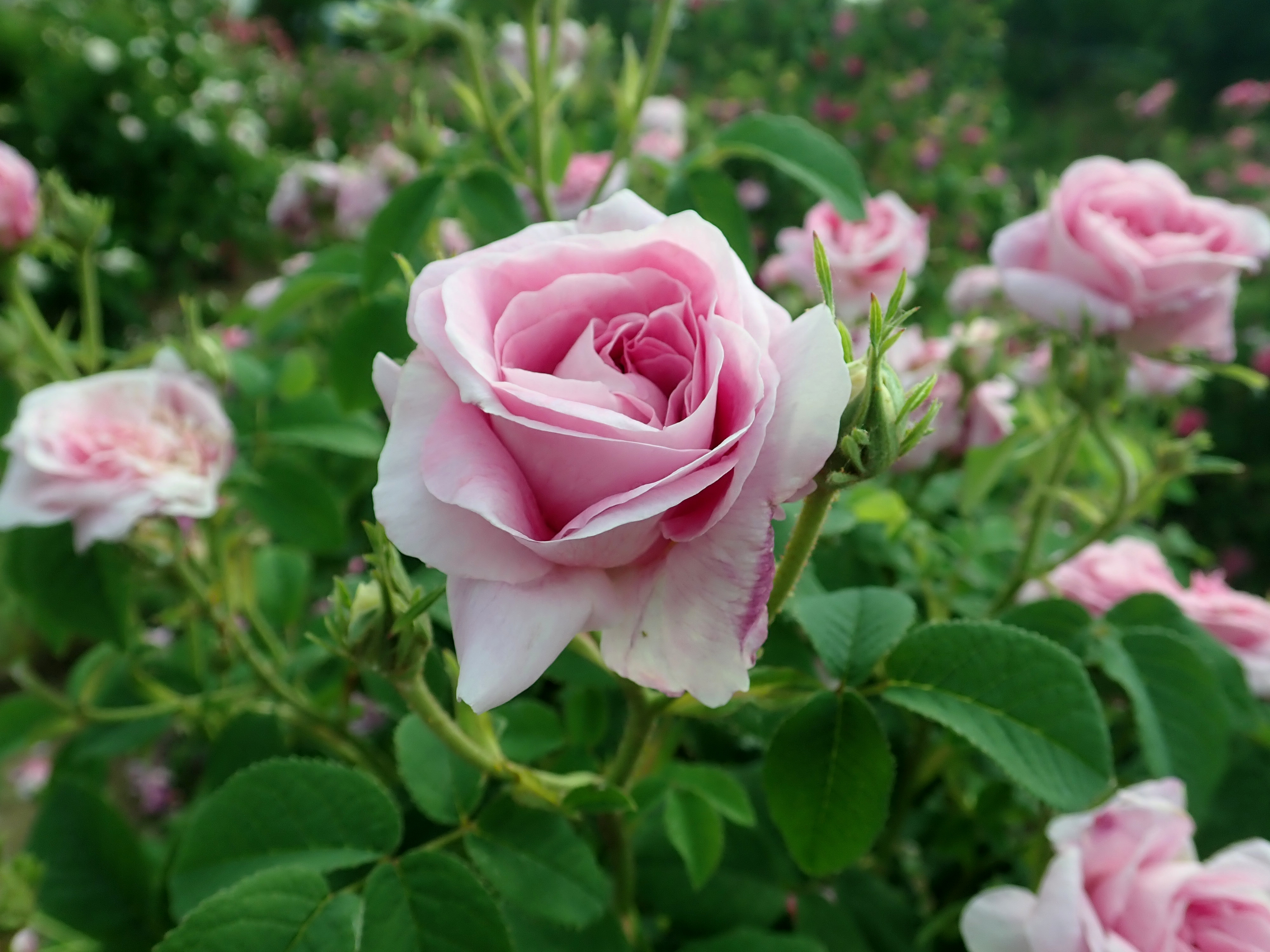
‘Belle Virginie’, ?, vor 1828
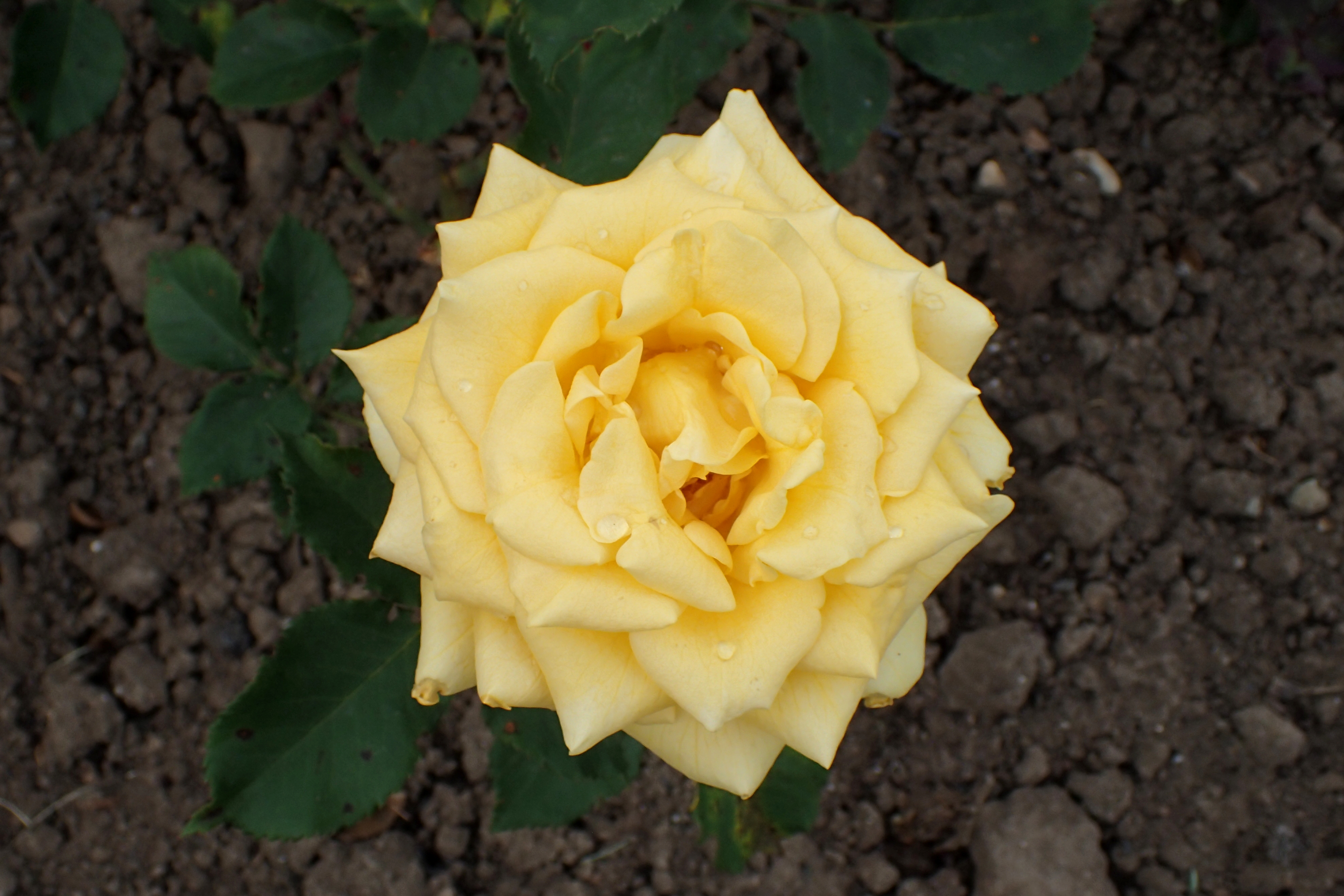
‘Bellona’, Kordes, 1975
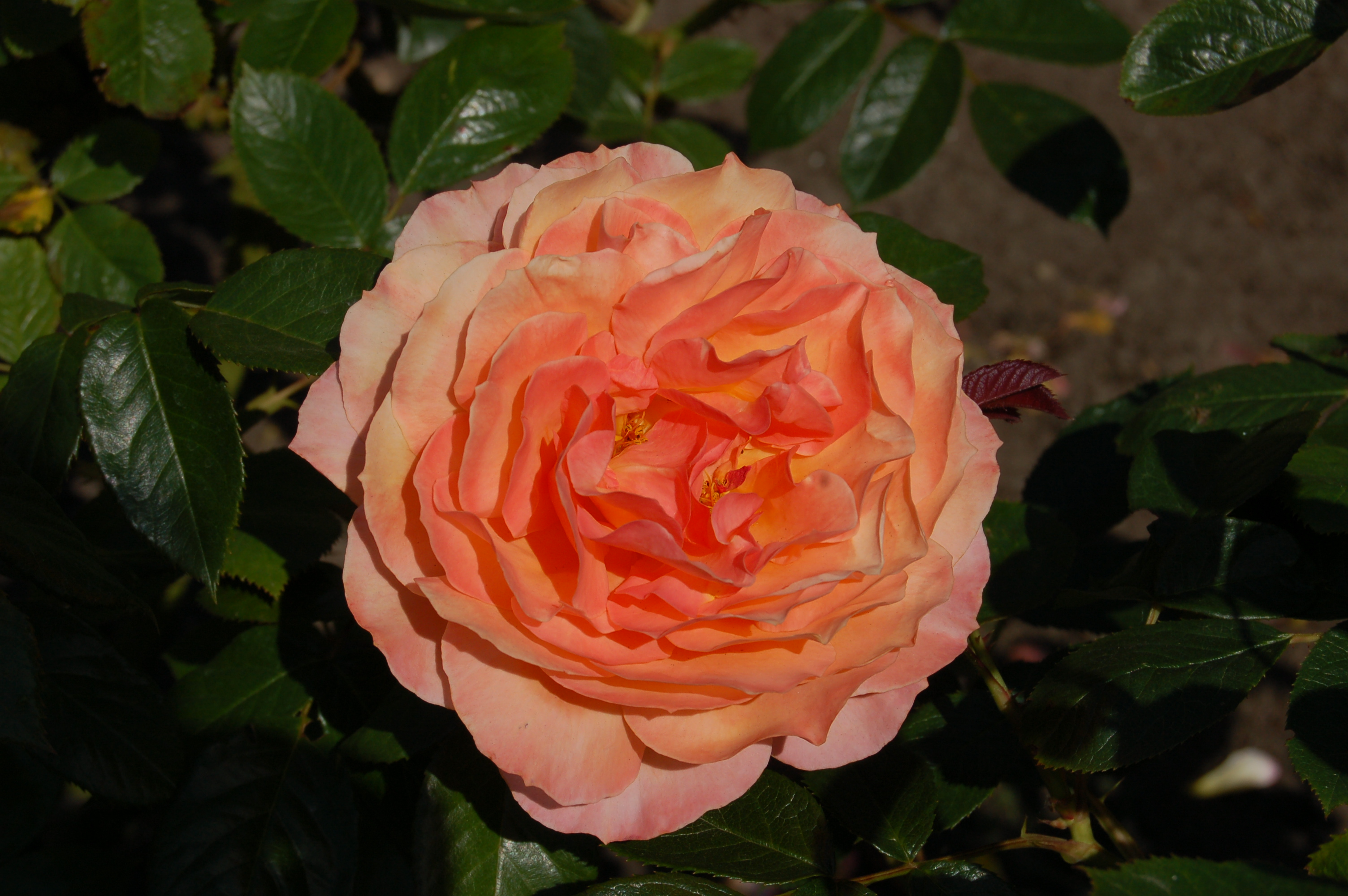
‘Belvedere’, Tantau, 2001
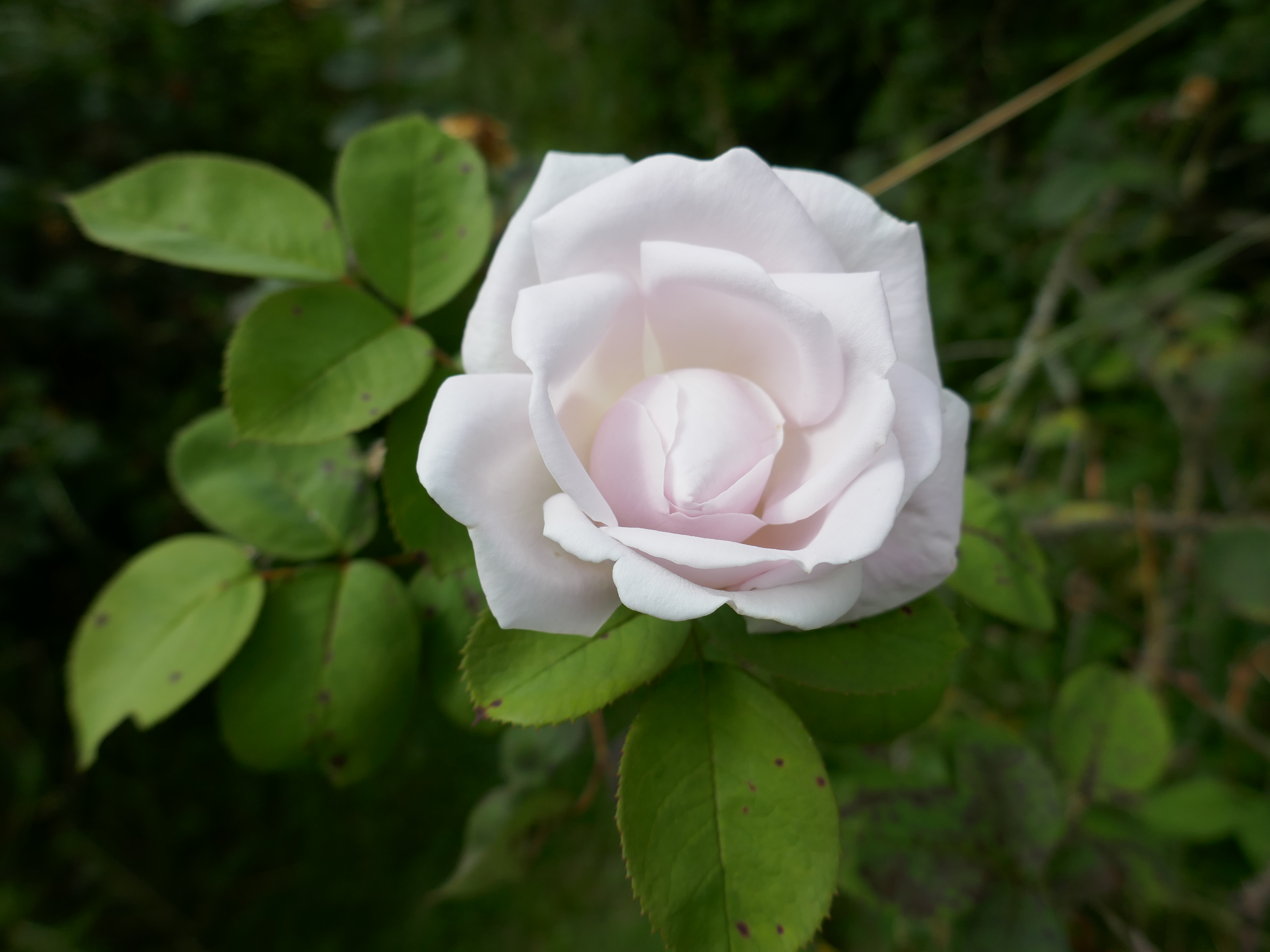
‘Ben Cant’, Benjamin R. Cant, 1901
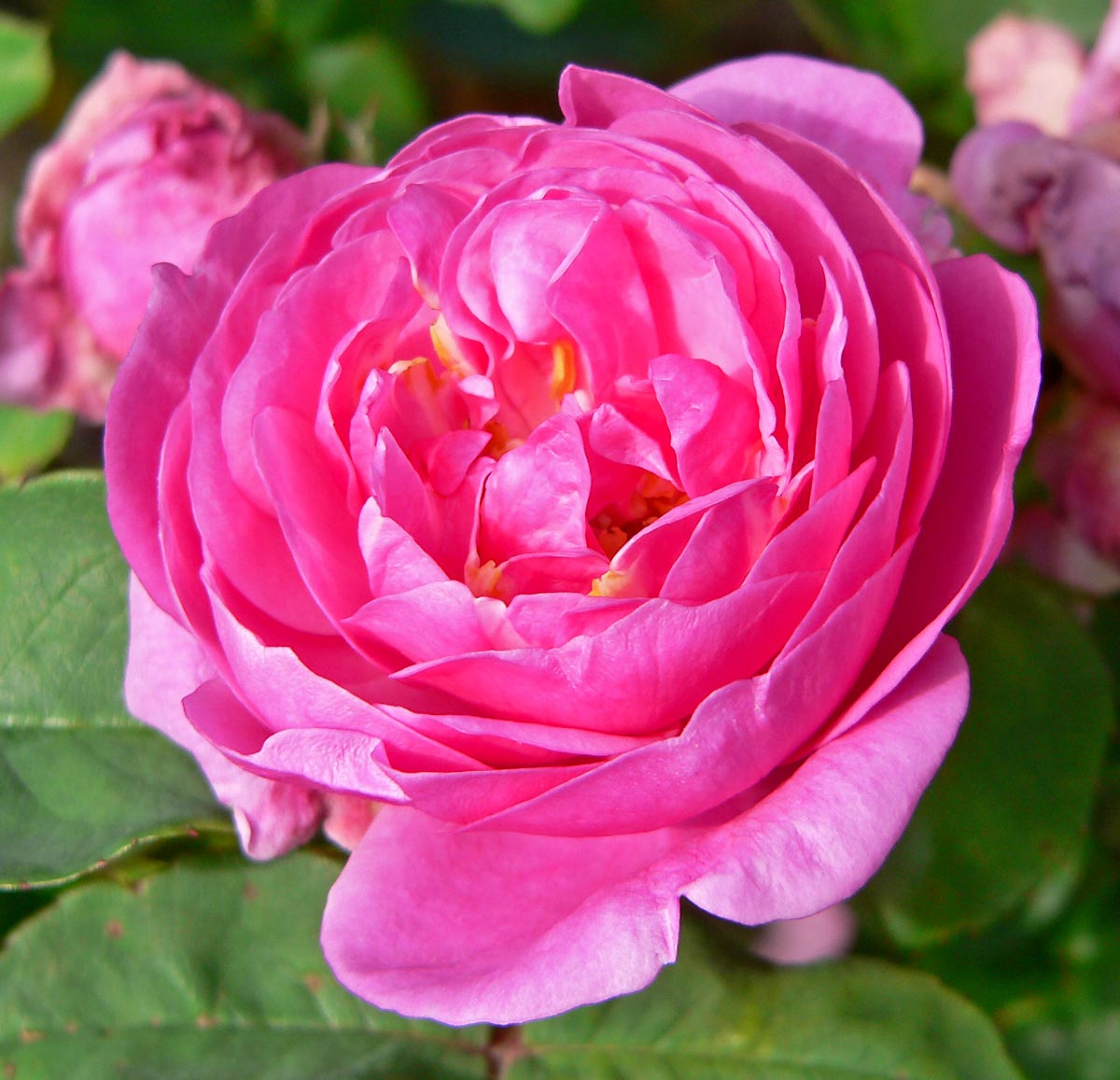
‘Bengale Animée’, Laffay, 1832
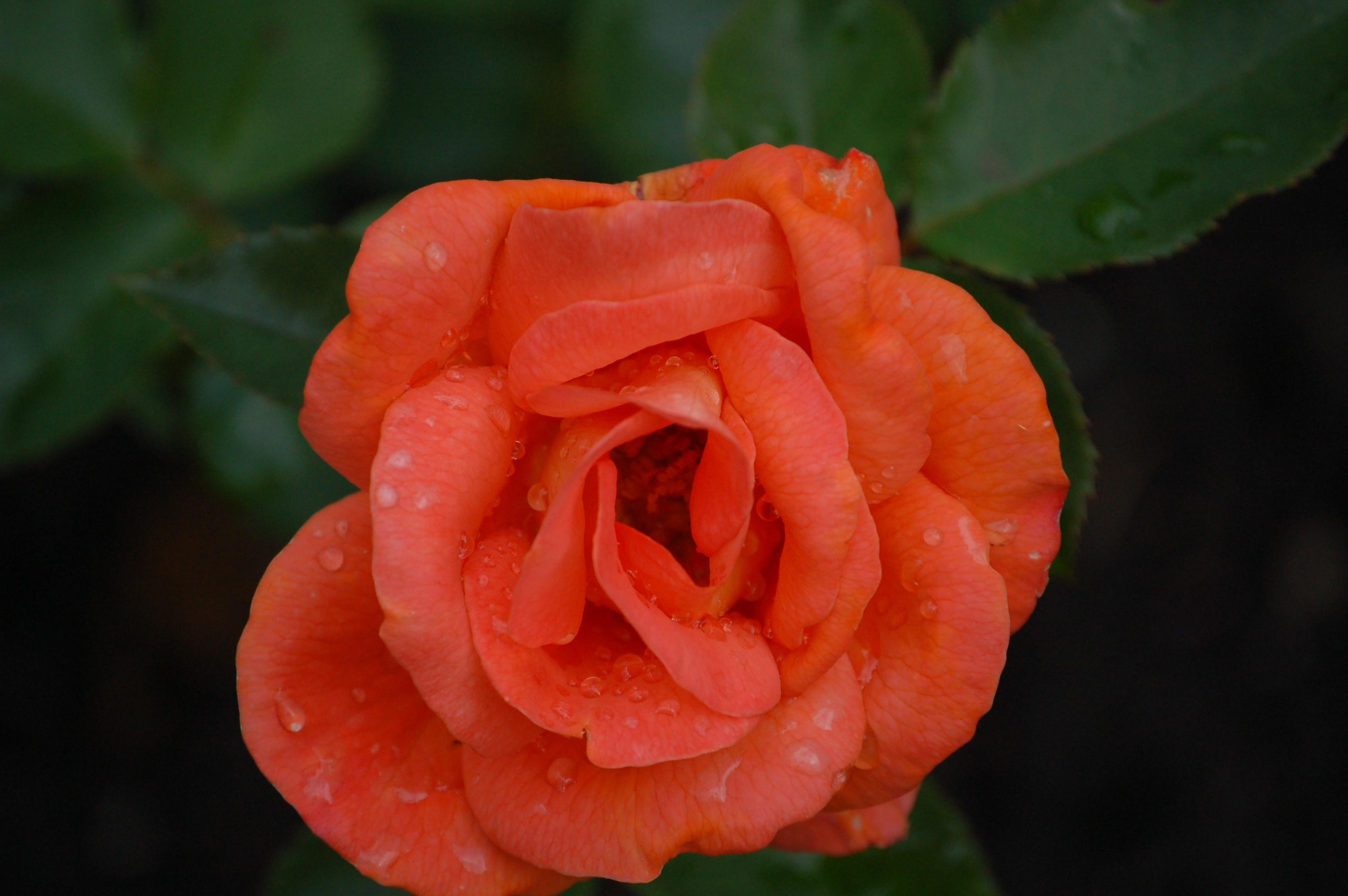
‘Bengali’, Kordes, 1966
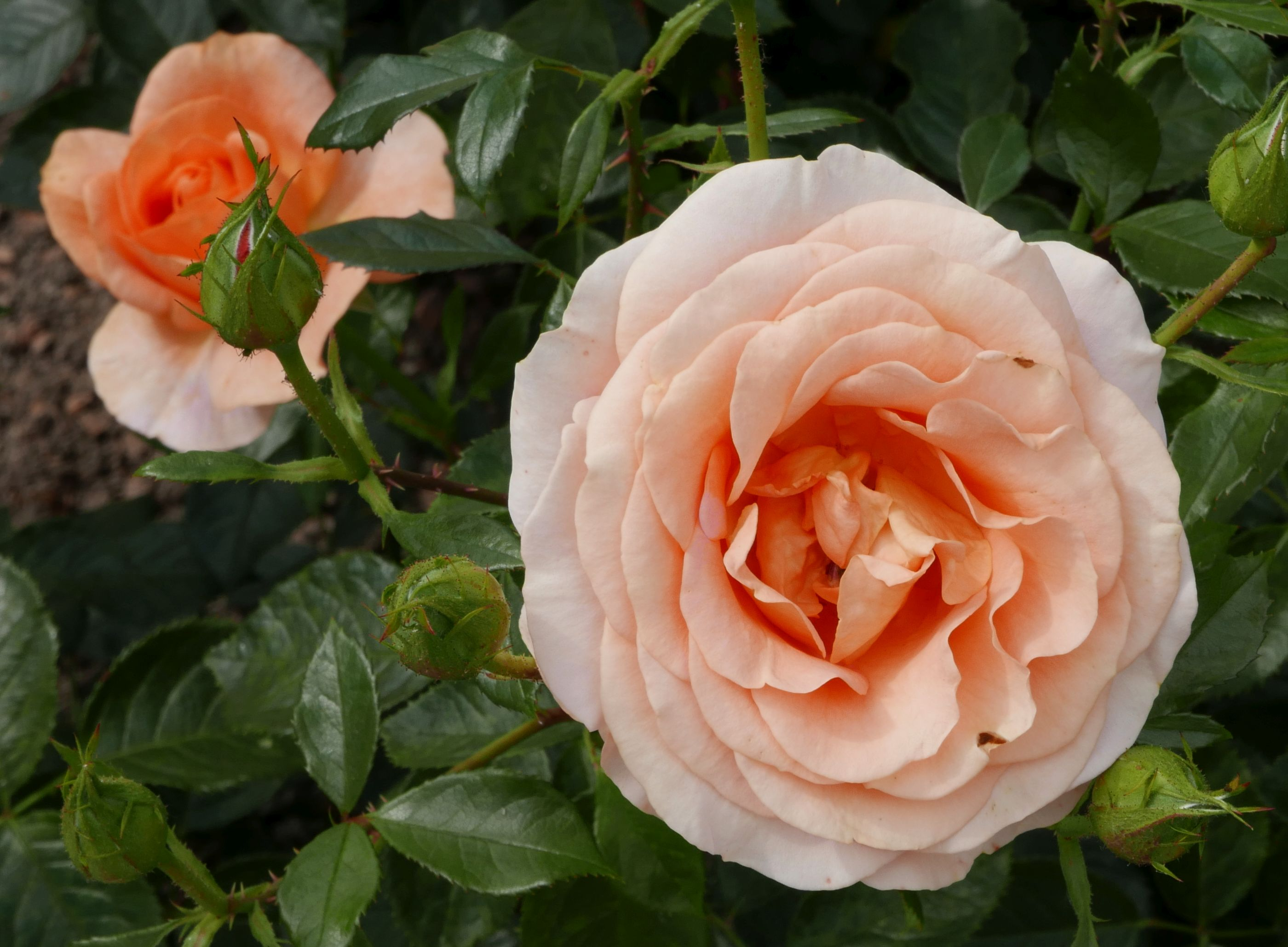
‘Bengali (2011)’, Kordes, 2011
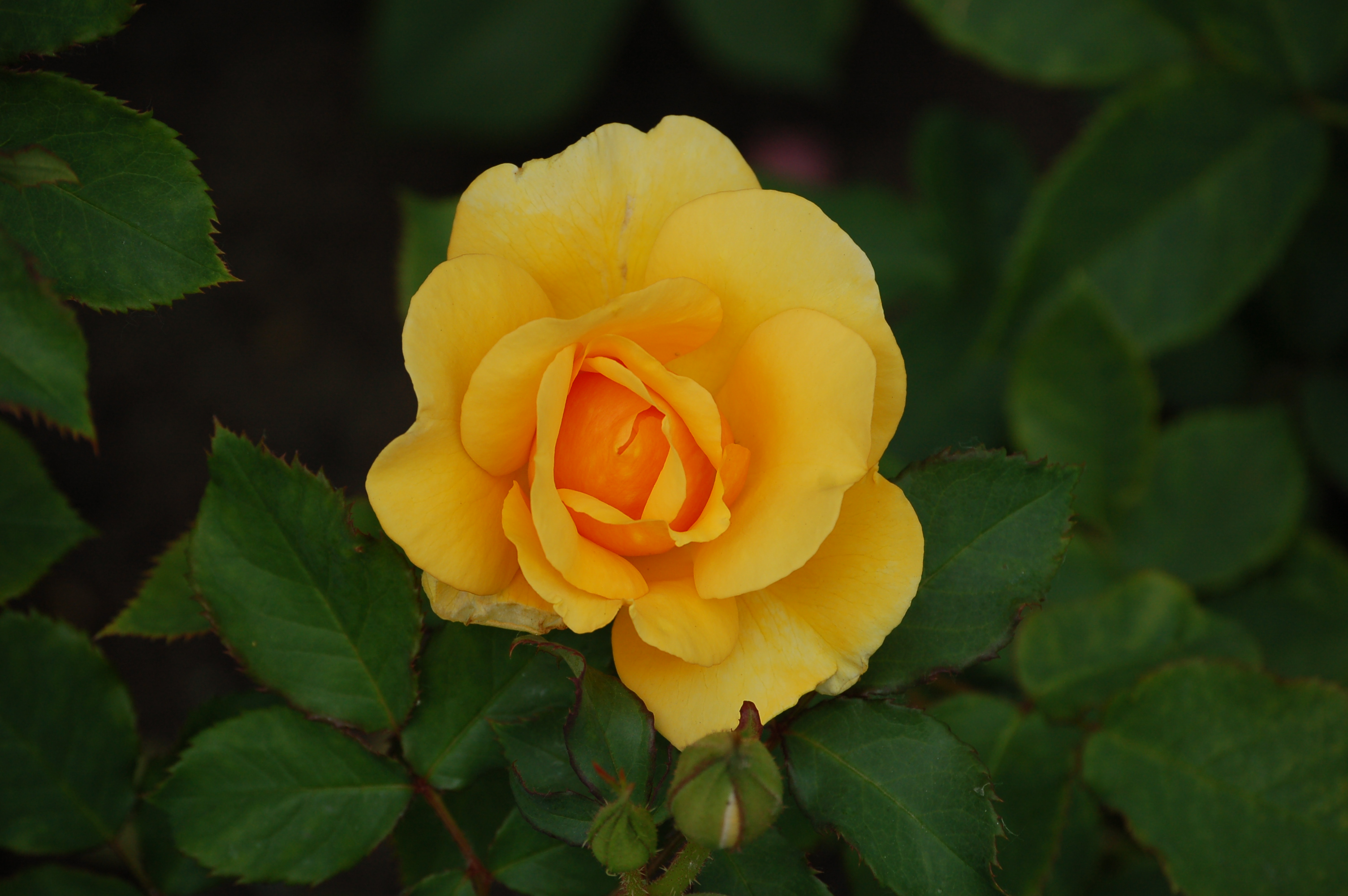
‘Benita’, Dickson, 1988
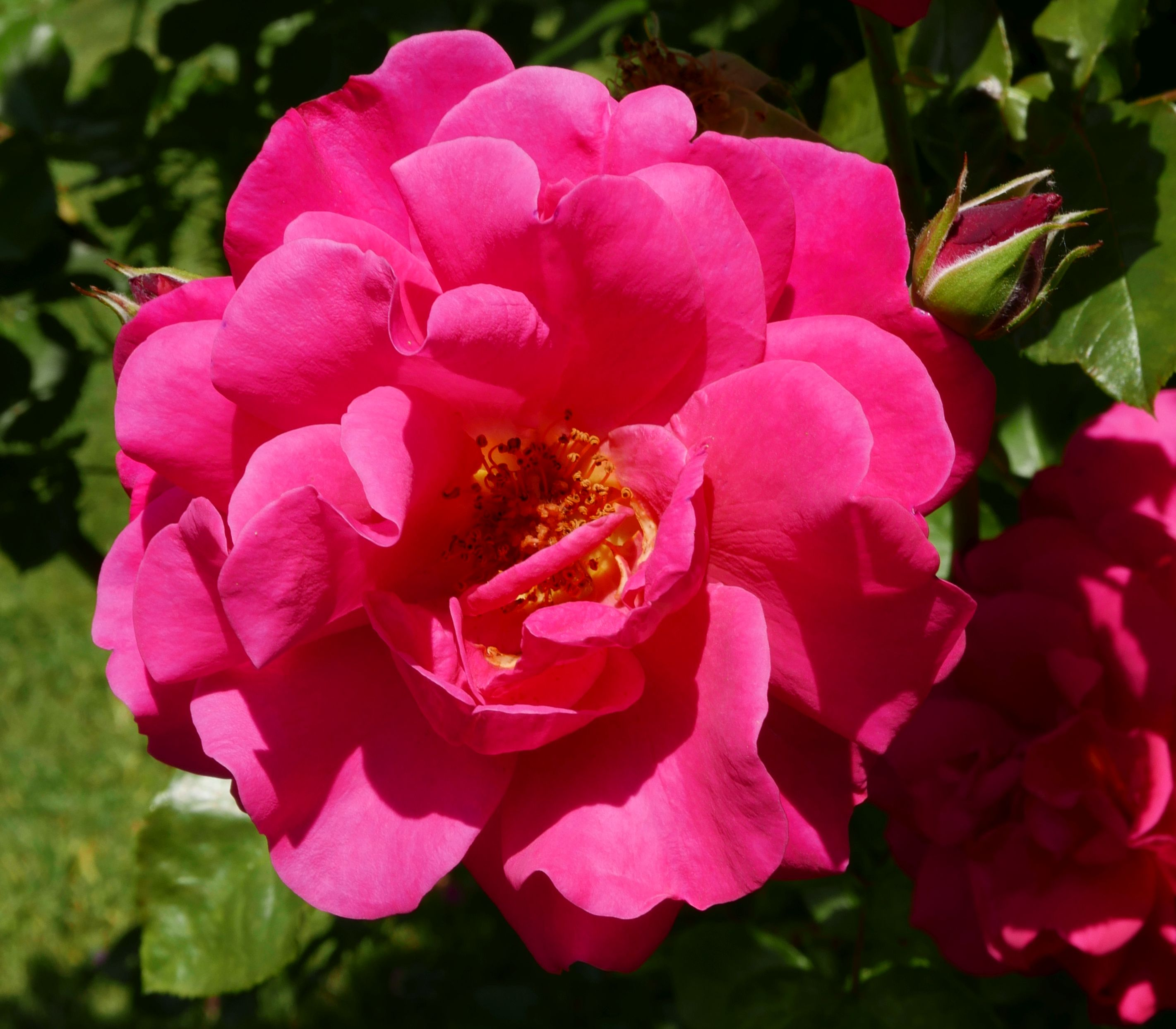
‘Benita’, Schmadlak, 2000
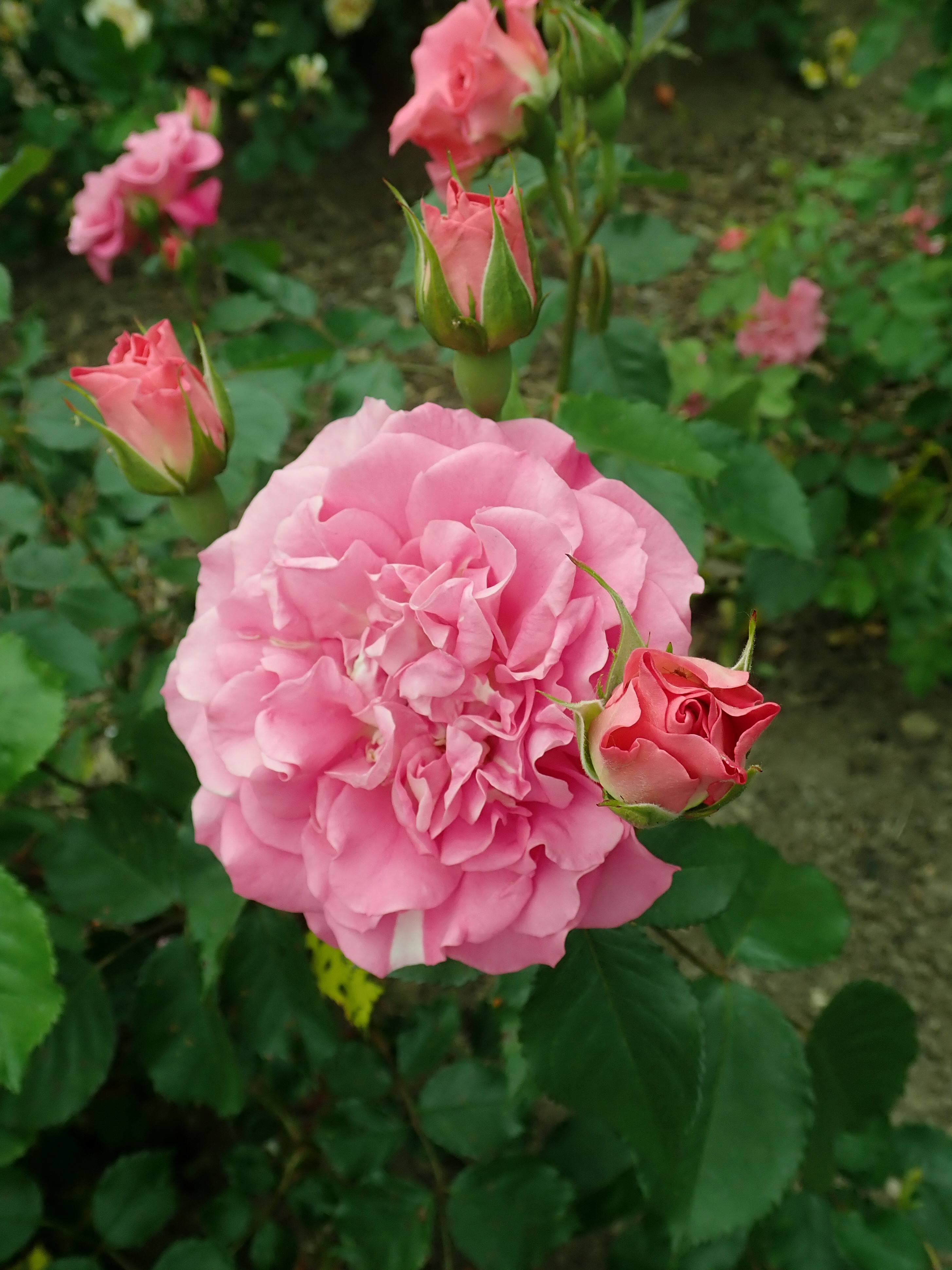
‘Benita Ferraro Wallner’, Schmadlak, 1978
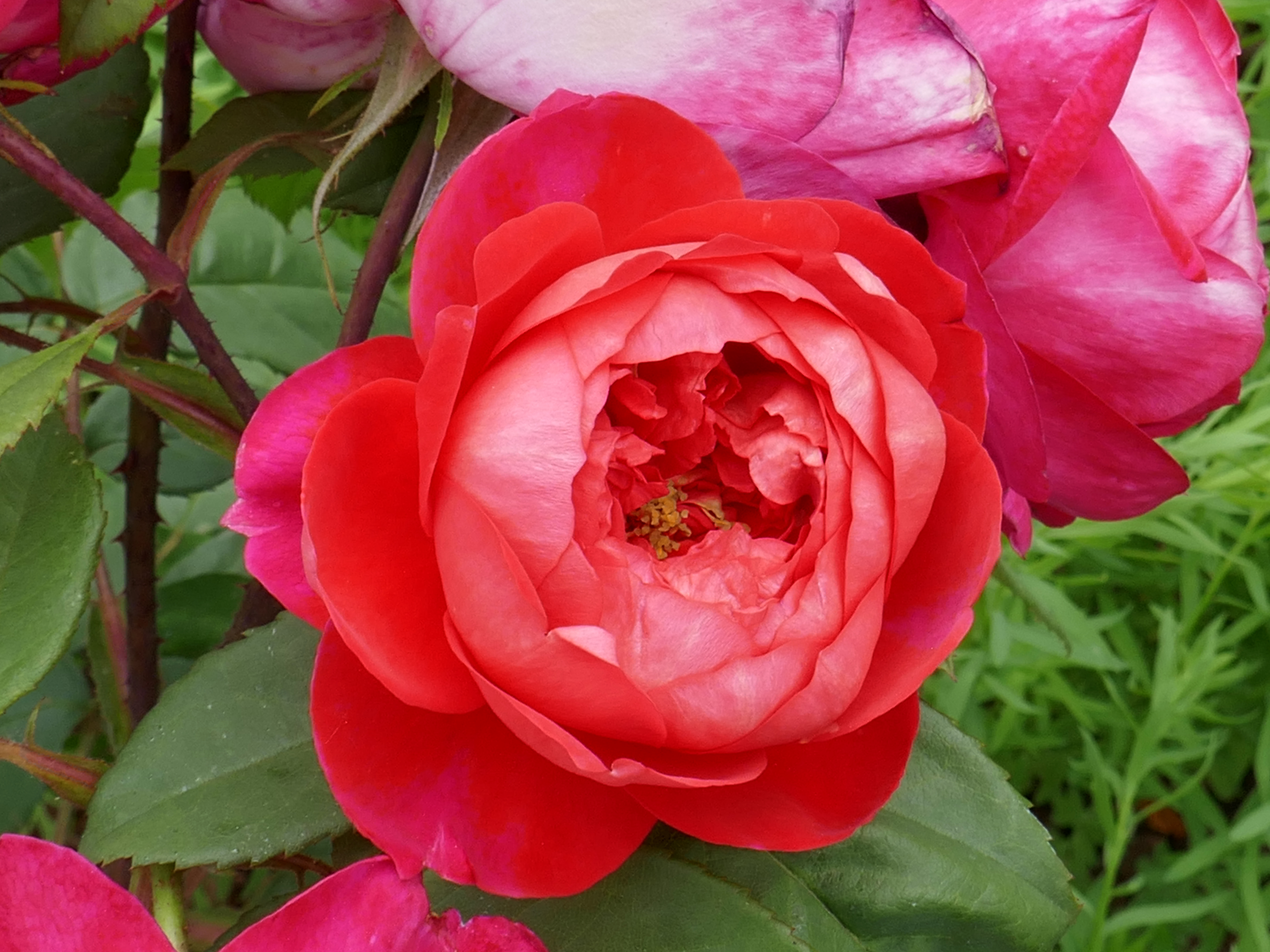
‘Benjamin Britten’, Austin 2001
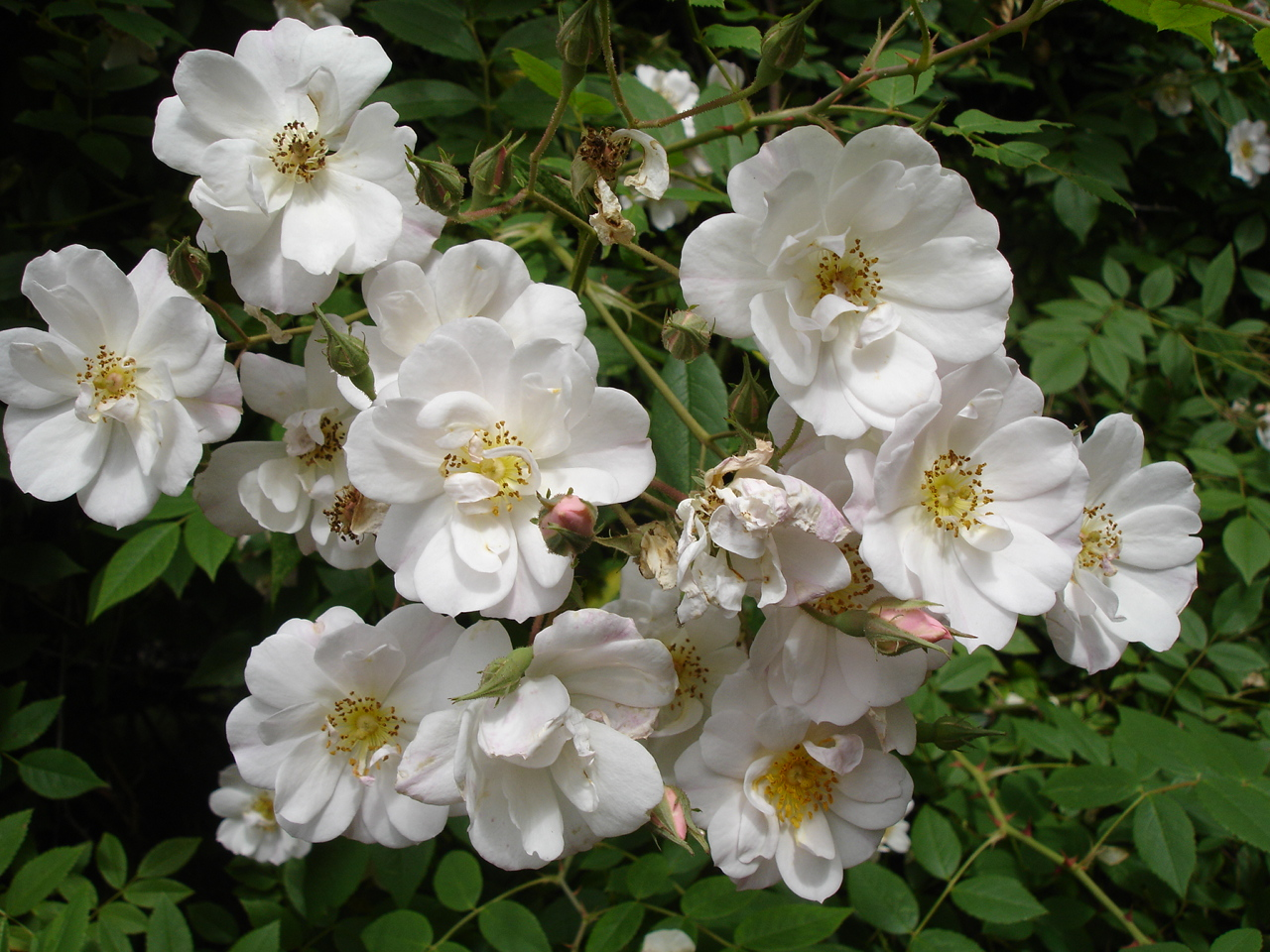
‘Bennet’s Seedling’, Bennett, 1840
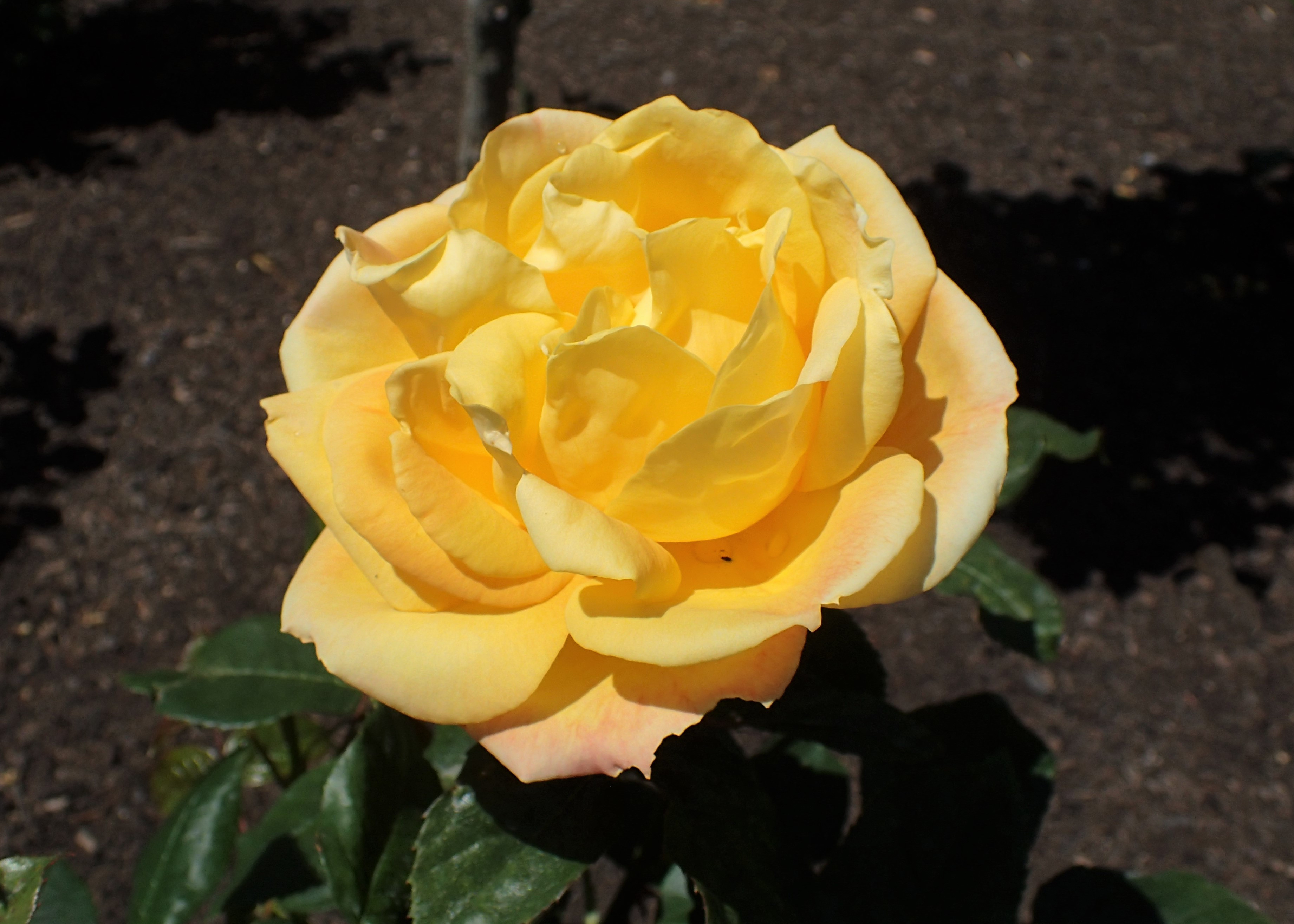
‘Benson and Hedges Gold’, McGredy, 1972
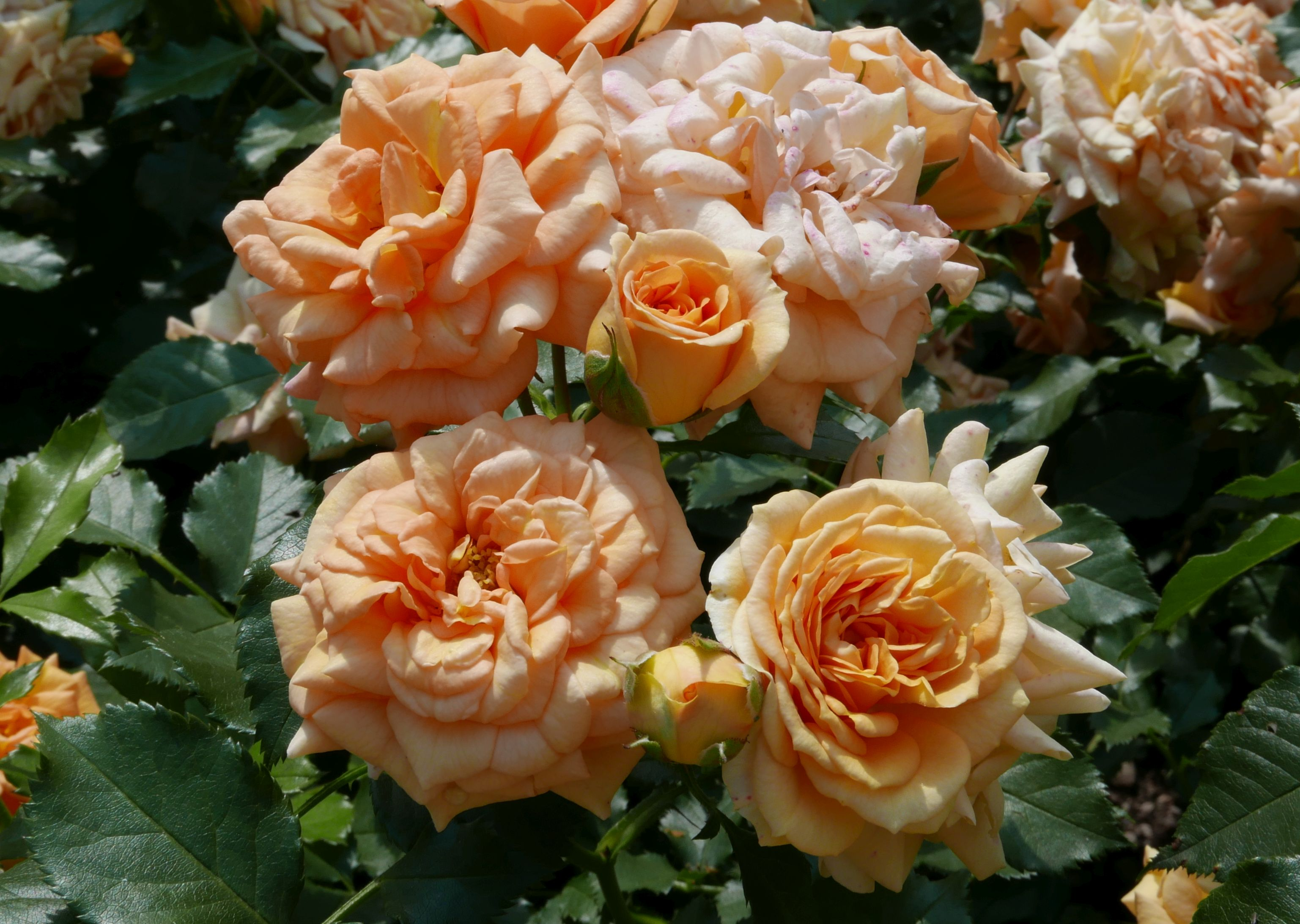
‘Bentheimer Gold’, Kordes, 2015
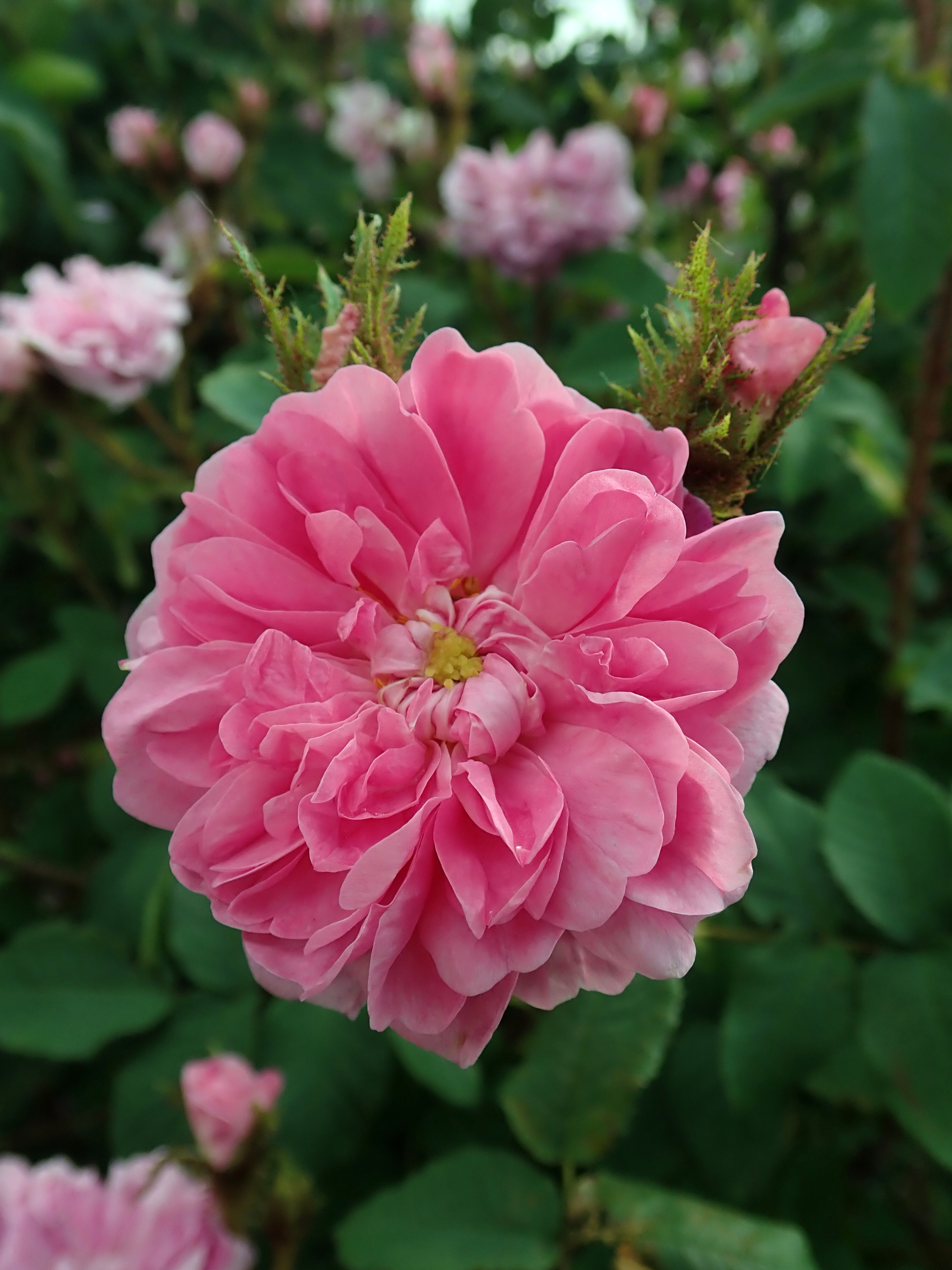
‘Bérangère’, Vibert, 1849
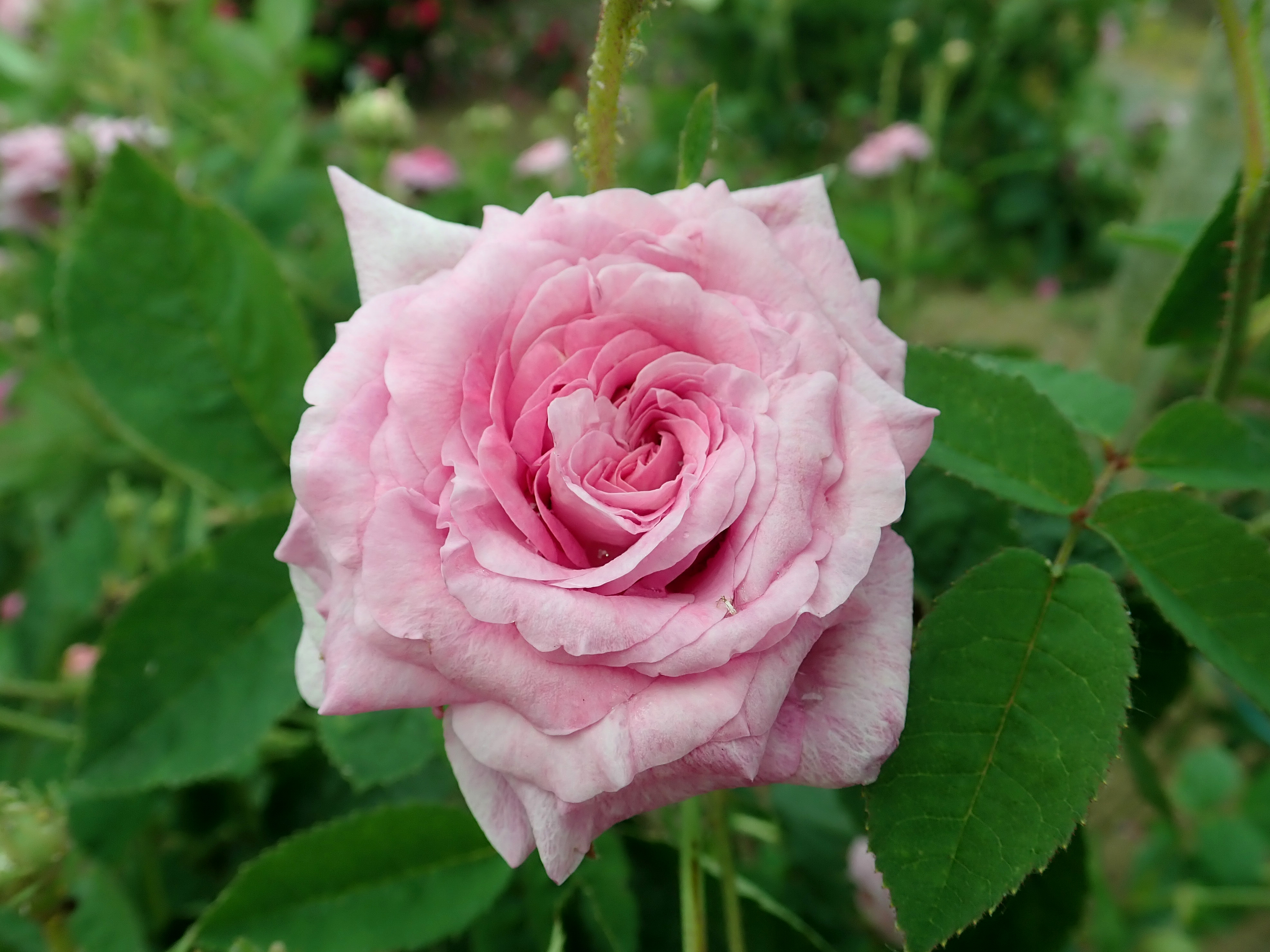
‘Bérénice’, Vibert, 1818
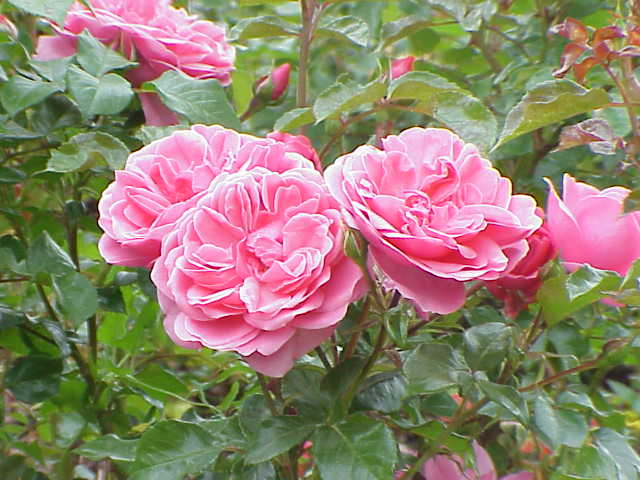
‘Berleburg’, Poulsen, 1996
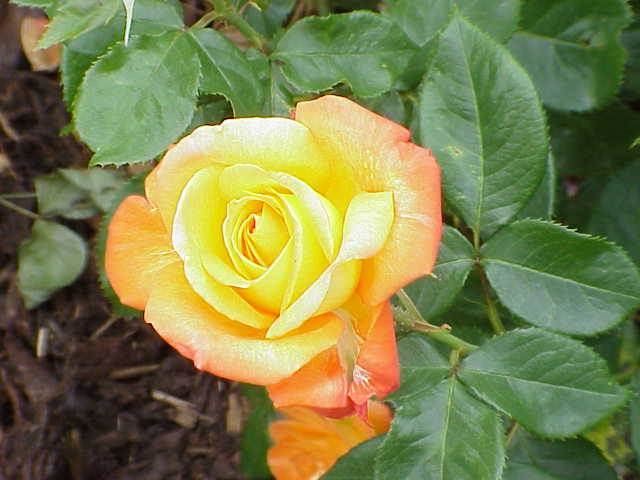
‘Berliner Luft’, Cocker, 1985
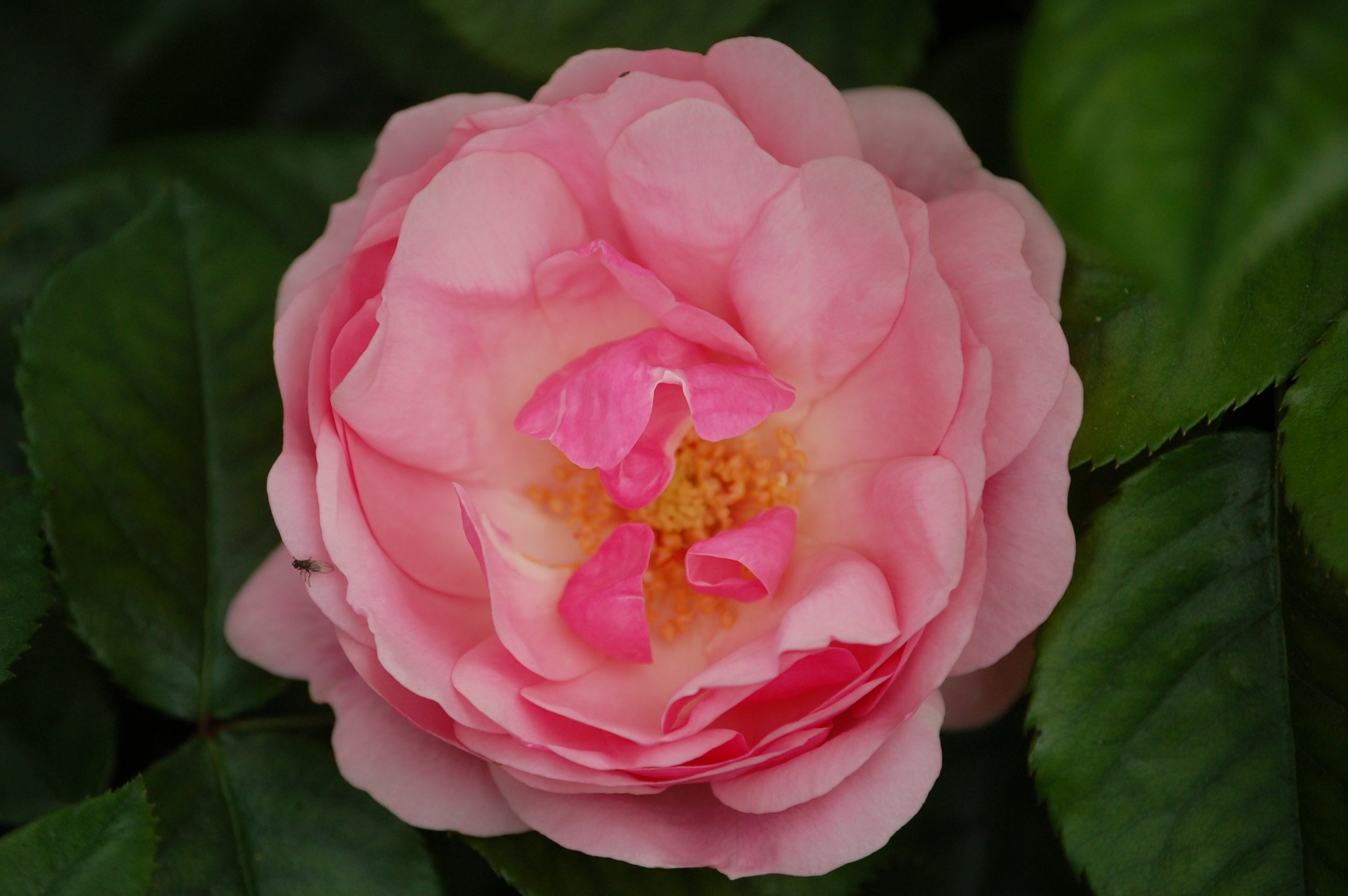
‘Bernd-Weigel-Rose’, Tantau, 2003
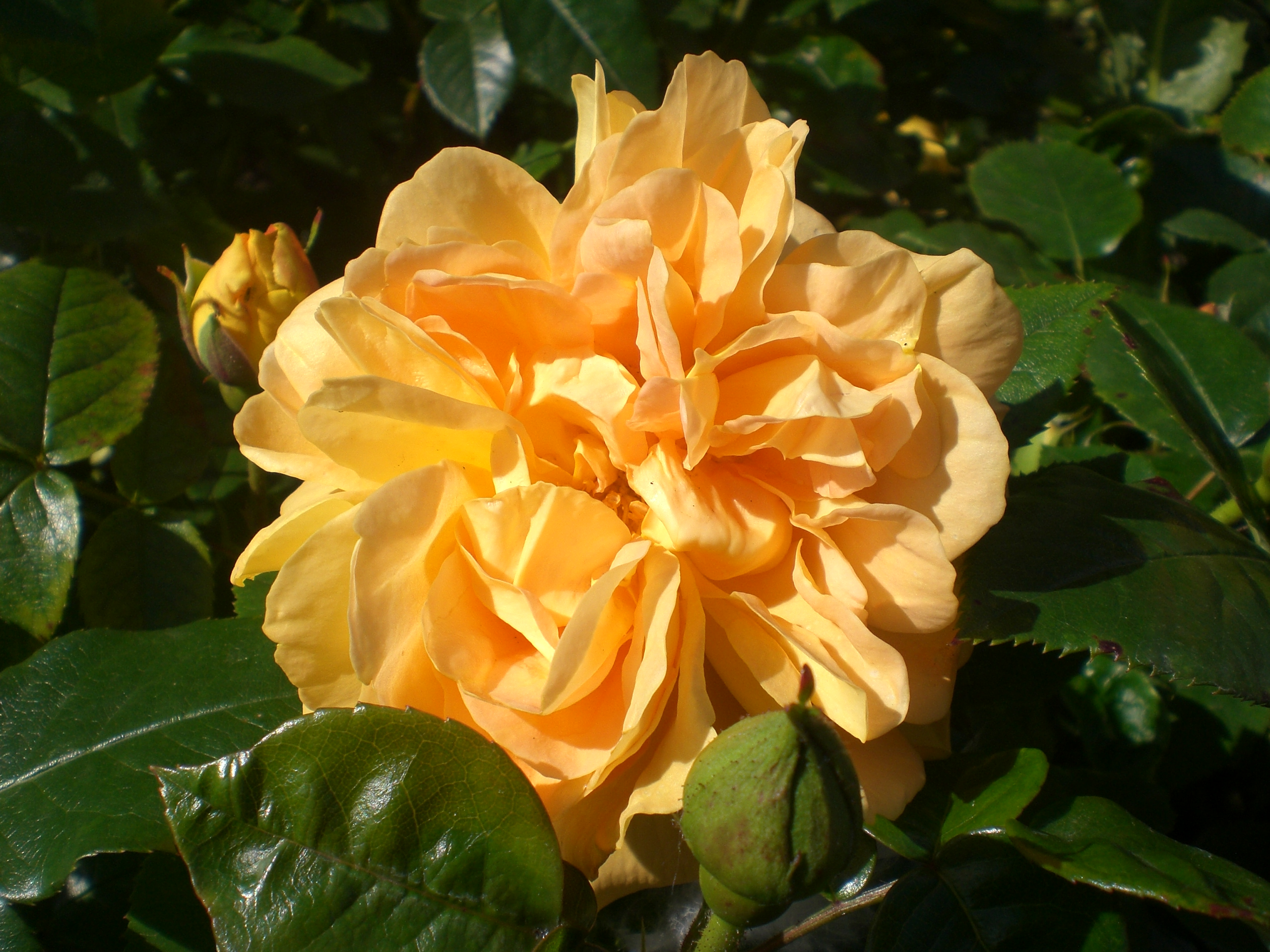
‘Bernstein-Rose’, Evers/Tantau, 1987
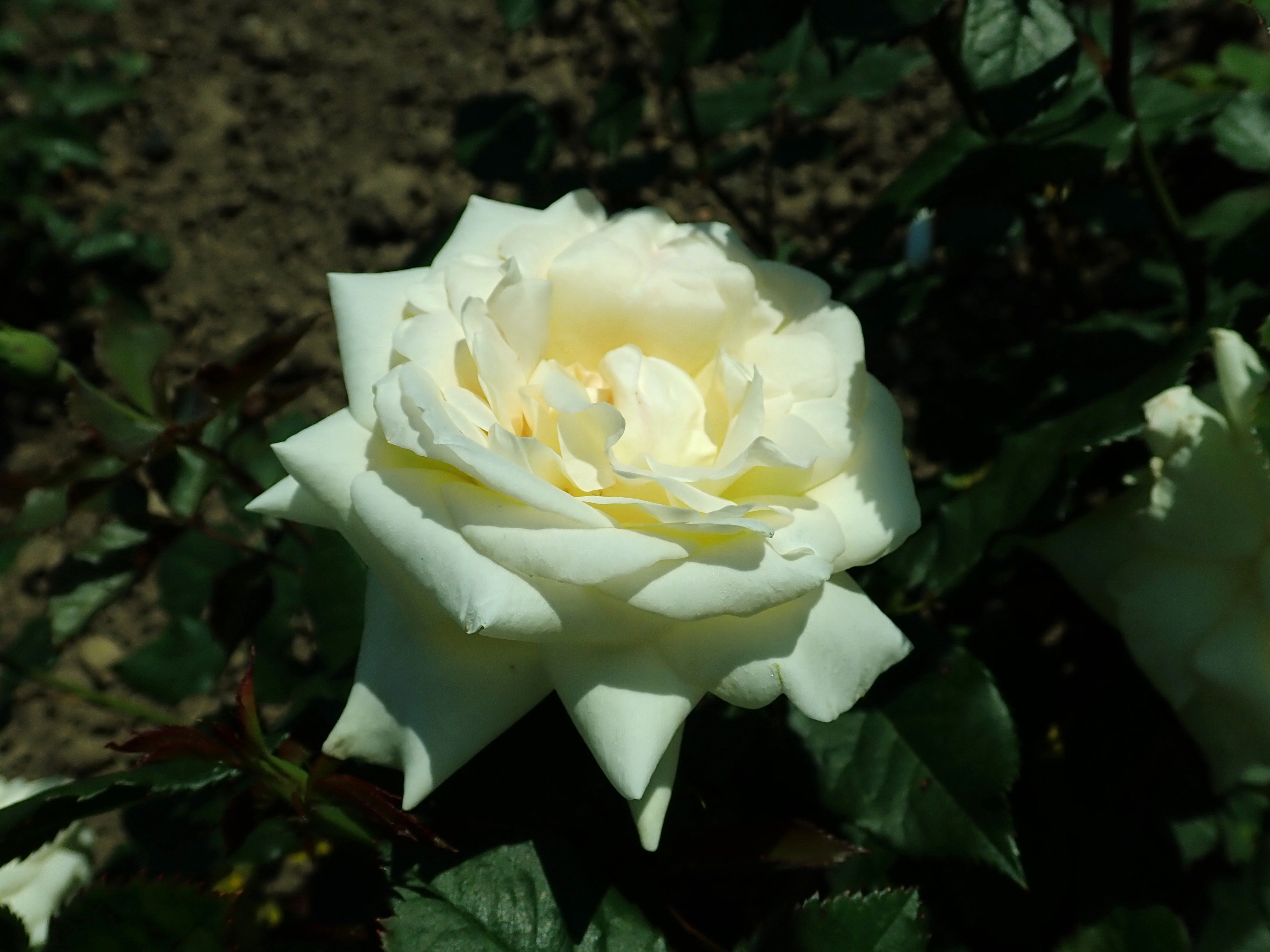
‘Bernina’, Gerrit De Ruiter, 1979
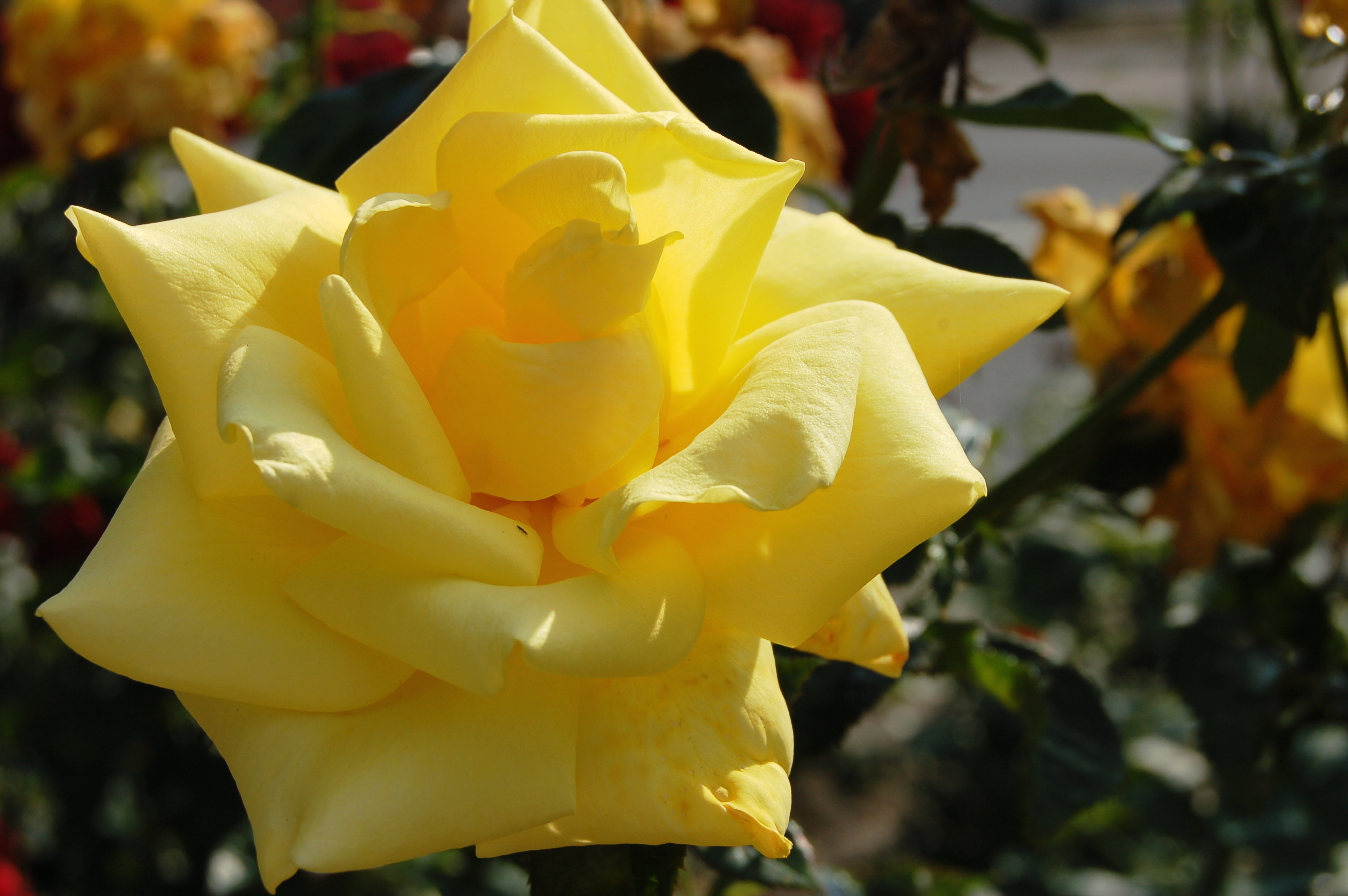
‘Berolina’, Evers/Tantau, 1986
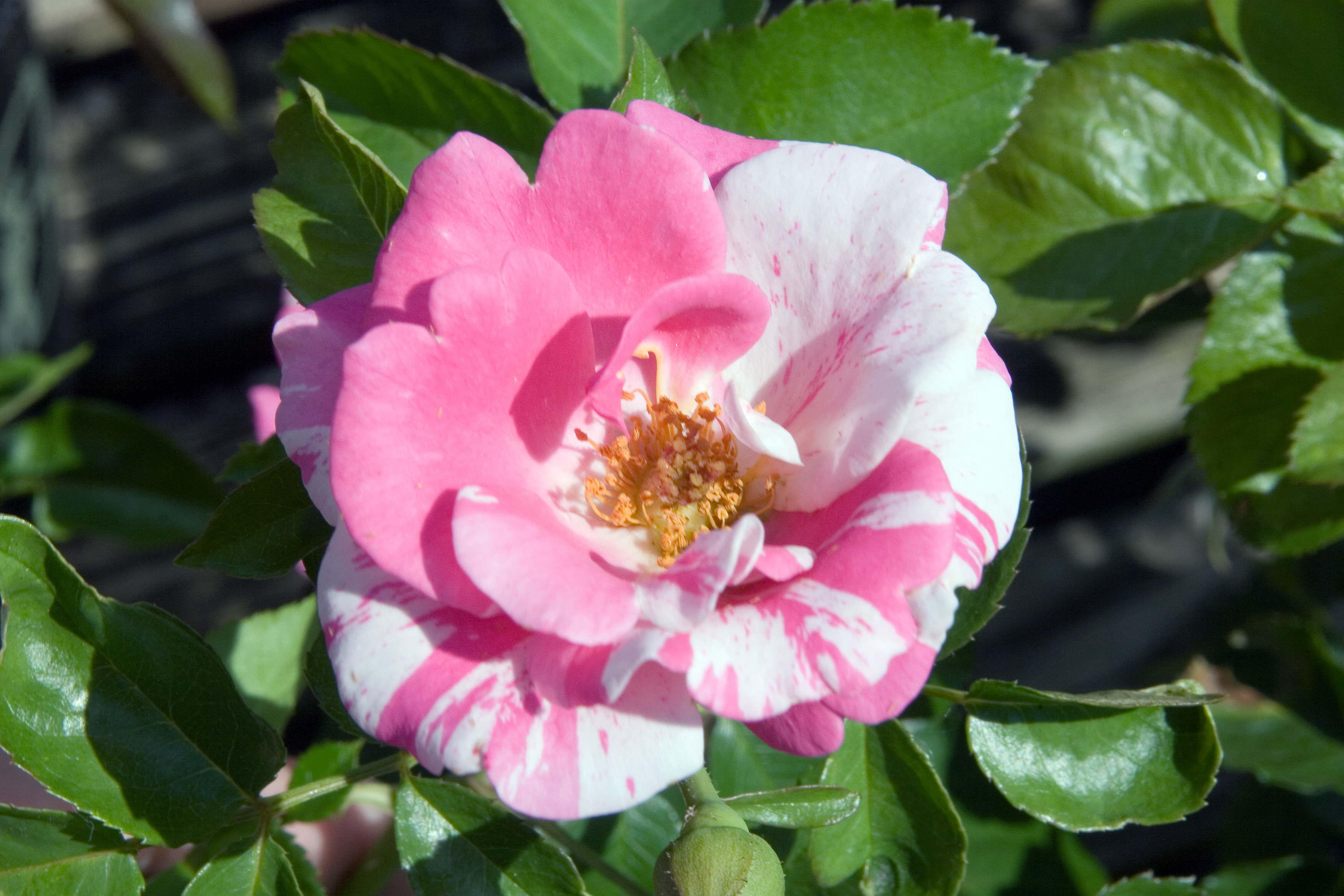
‘Berries ’n’ Cream’ (auch: ‘Calypso’, ‘Concert’), Olesen/Poulsen, 1997
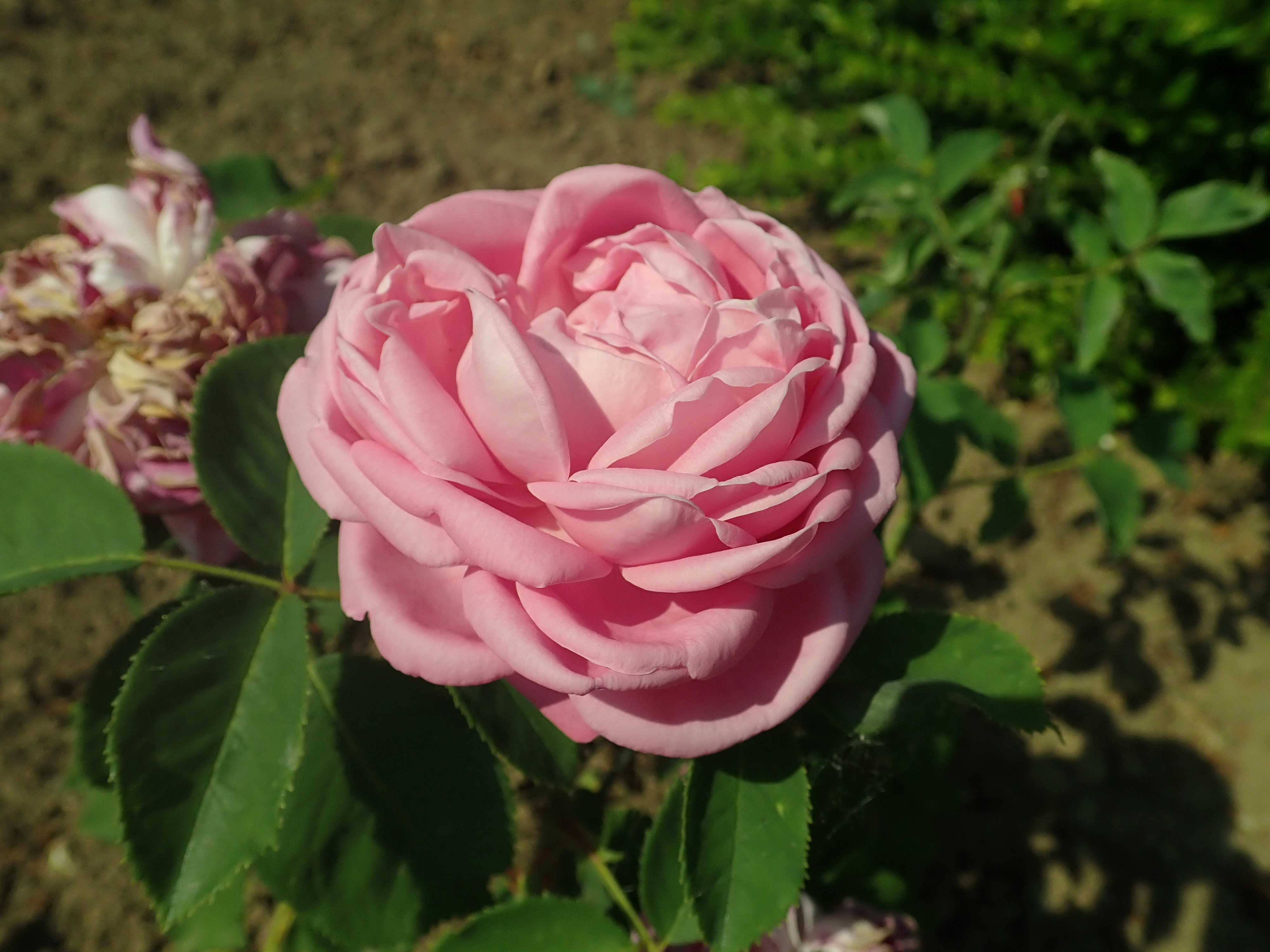
‘Bessie Johnson’, Curtis, 1872
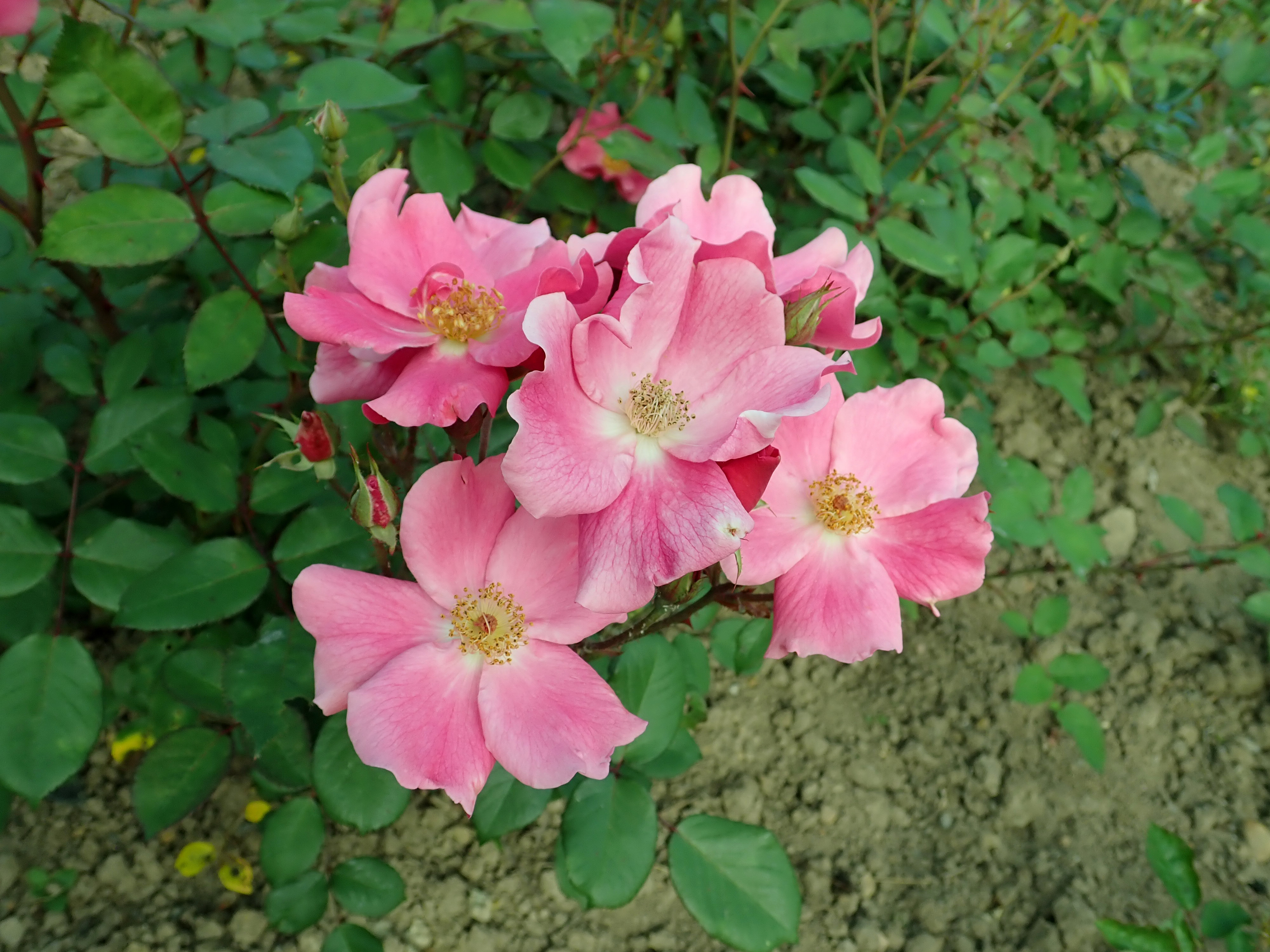
‘Betty Prior’, Prior, 1935
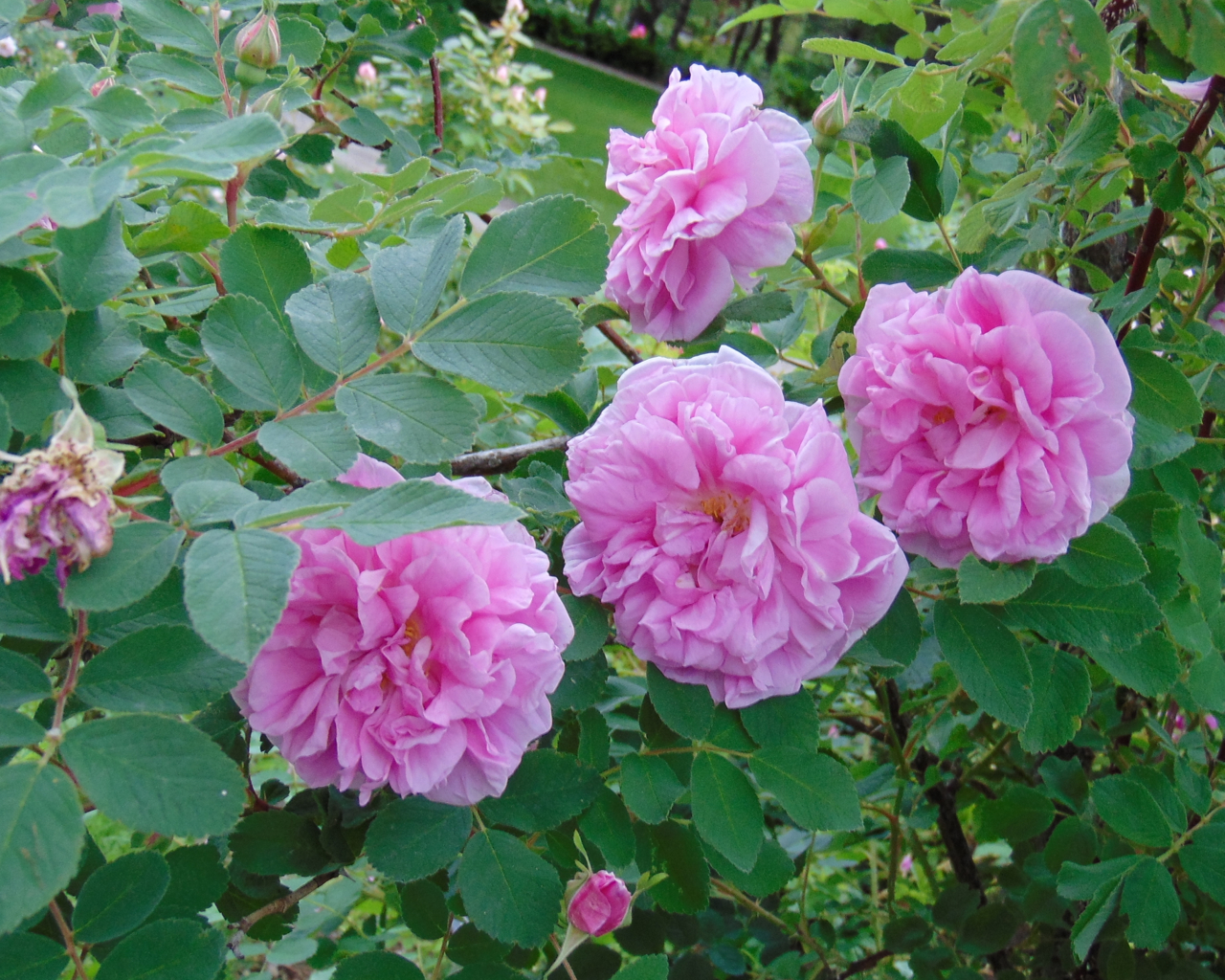
‘Betty Will’, Erskine, 1963
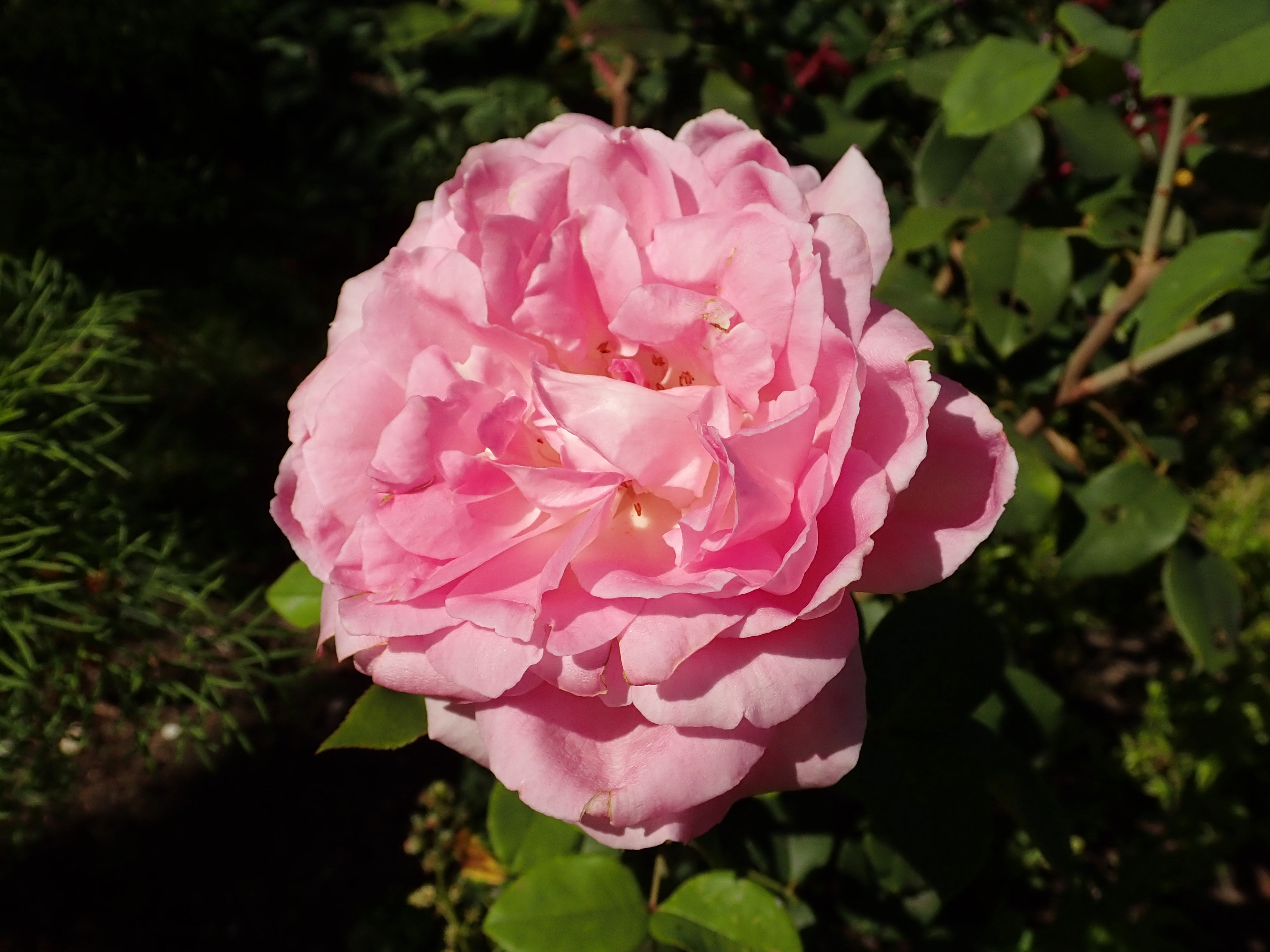
‘Beverly’, Kordes, 1999
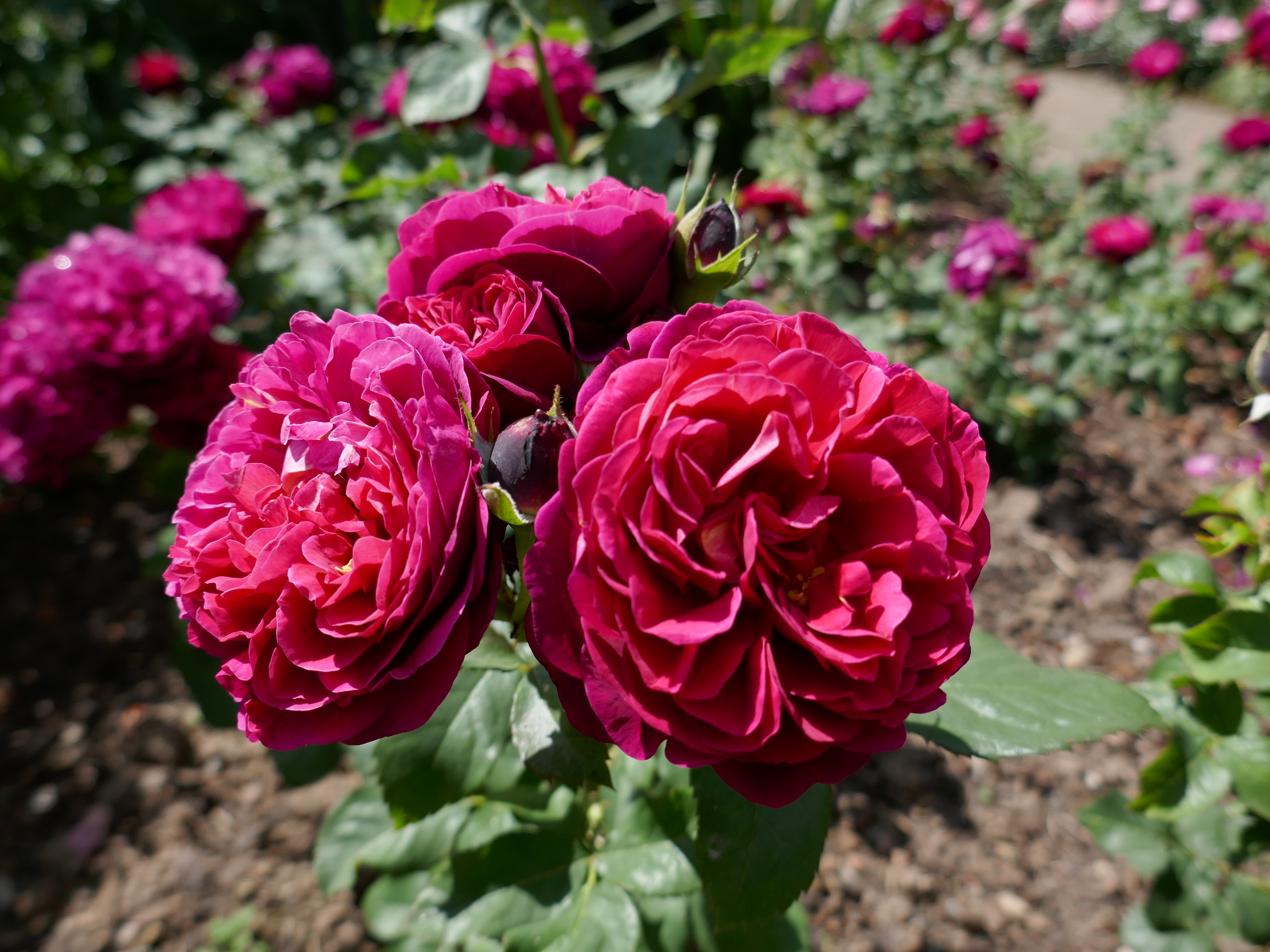
‘Bicentenaire de Guillot’, Massad, 2003
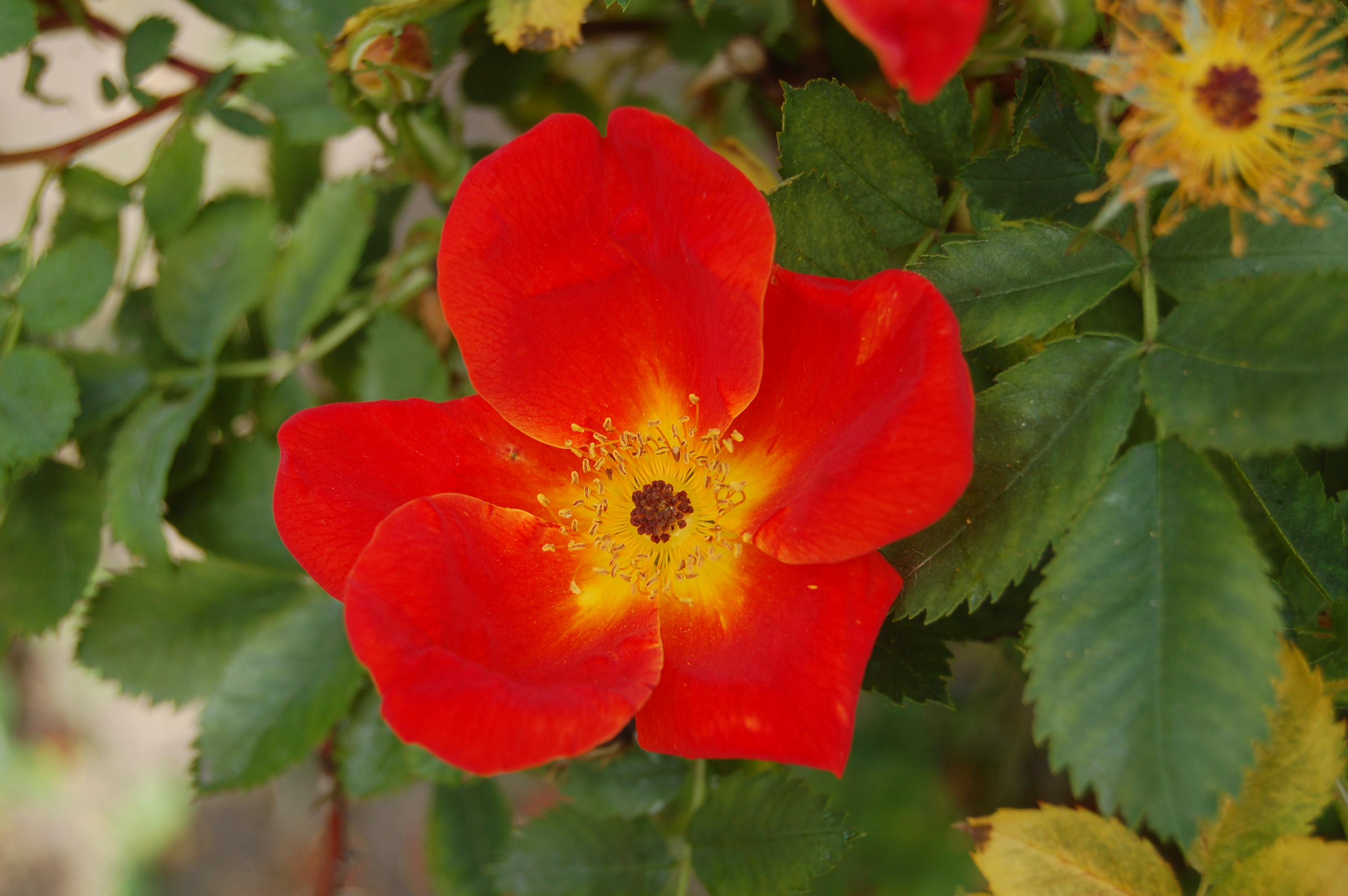
‘Bicolor’ (‘Rosa foetida bicolor’), Gerard, 1596
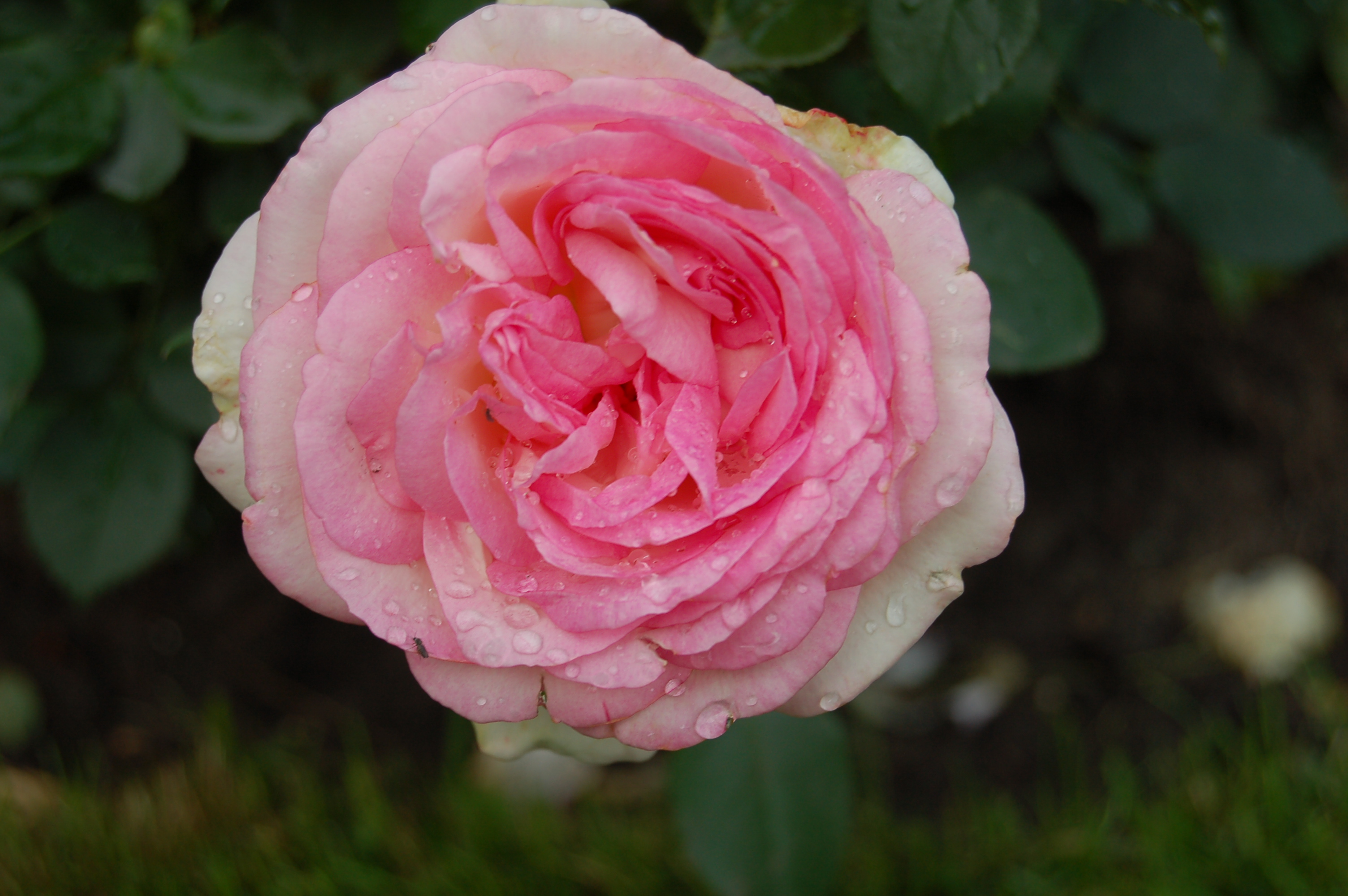
‘Biedermeier Garden’, Tantau, 2006
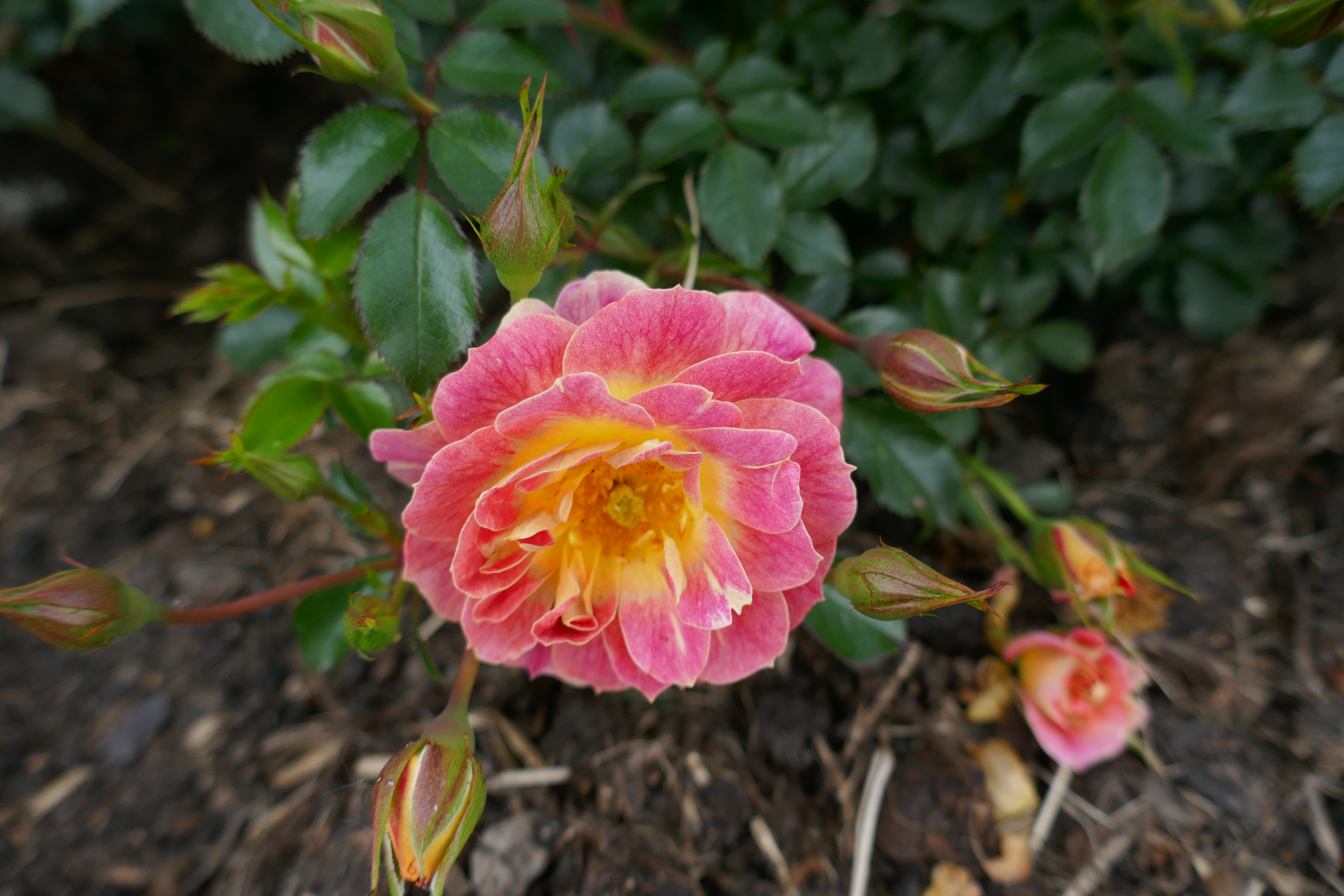
‘Bienenweide Fruity’, Tantau, 2019
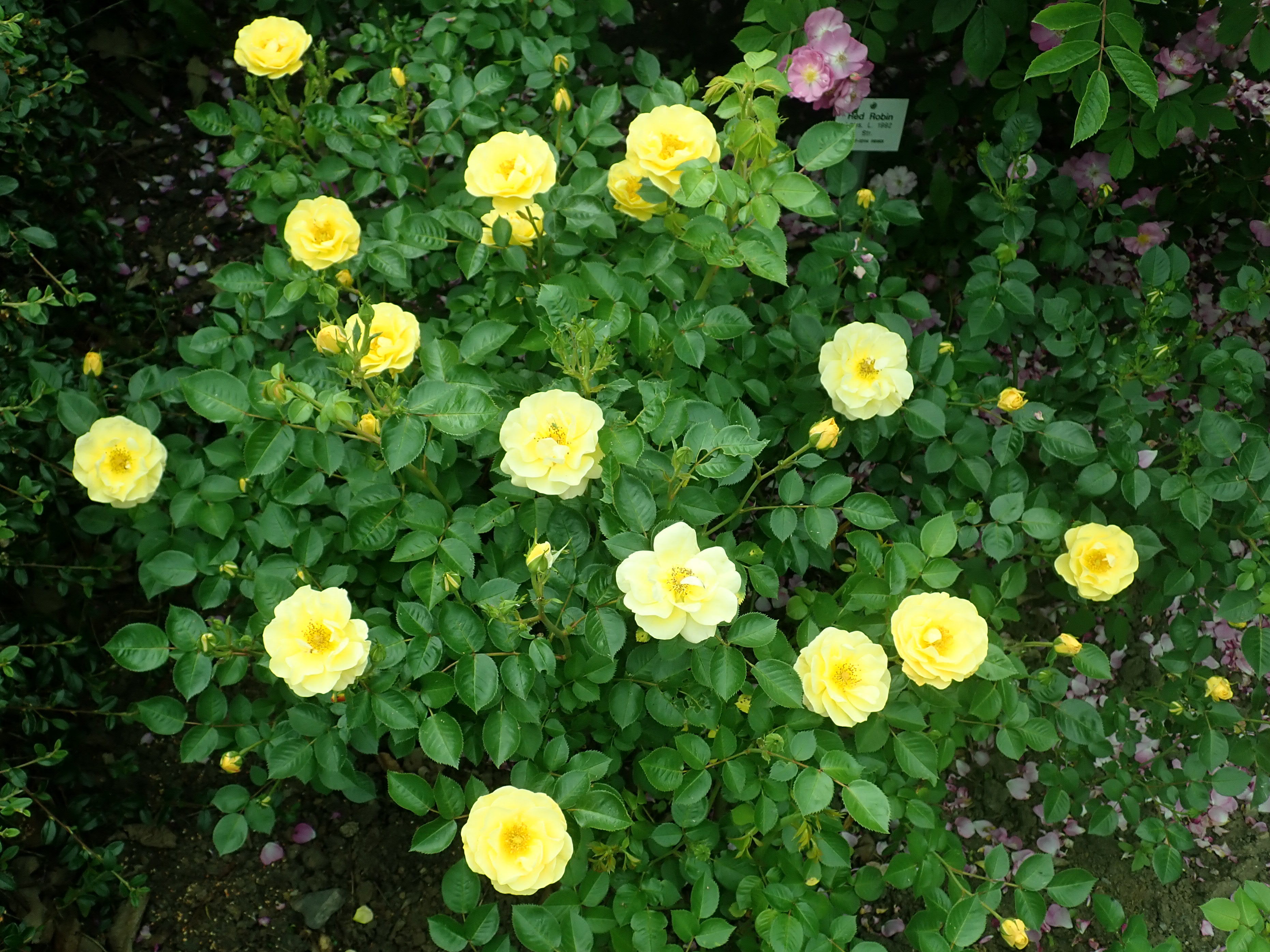
‘Bienenweide Gelb’, Tantau, 2013
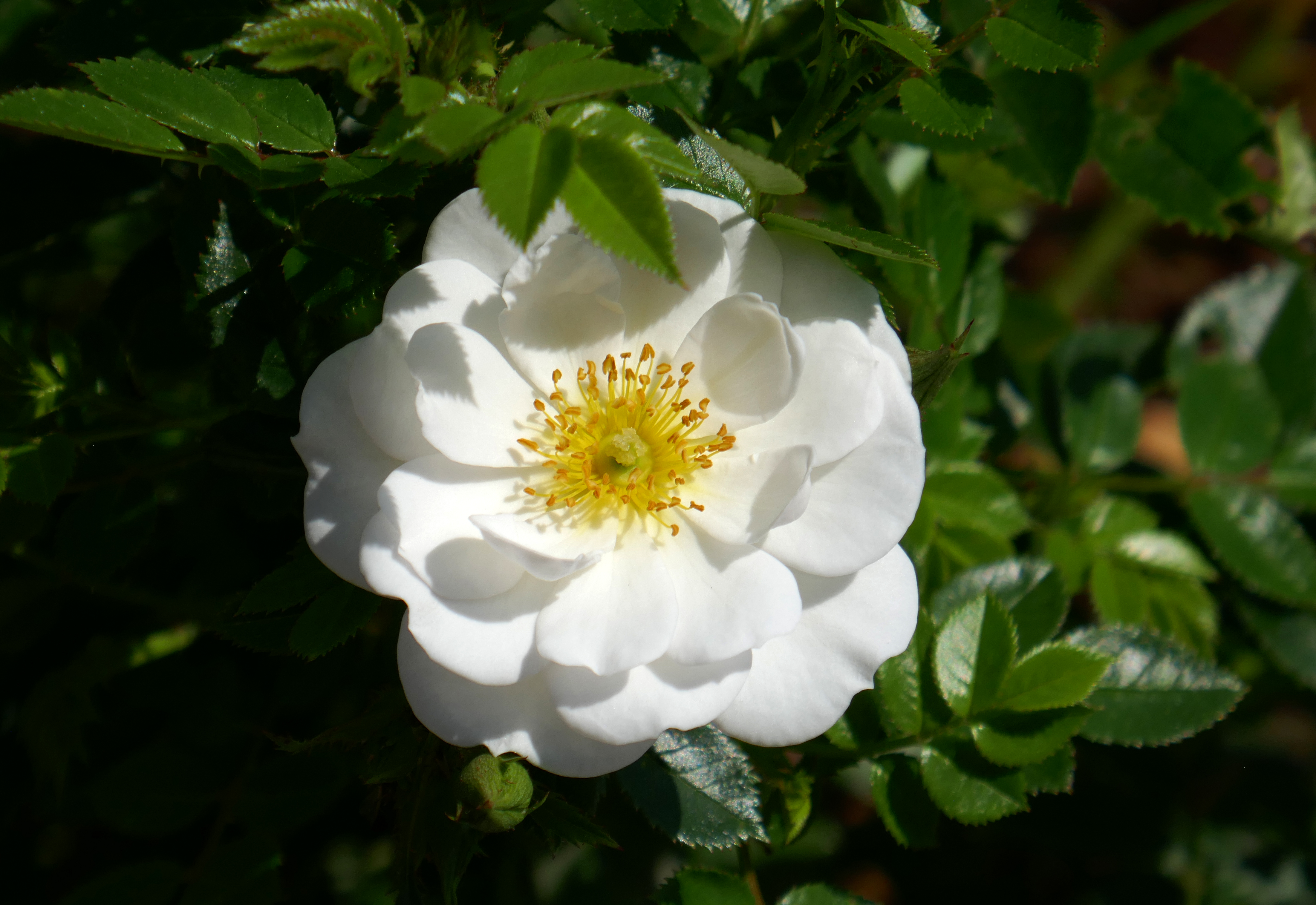
‘Bienenweide Weiss’, Tantau, 2015
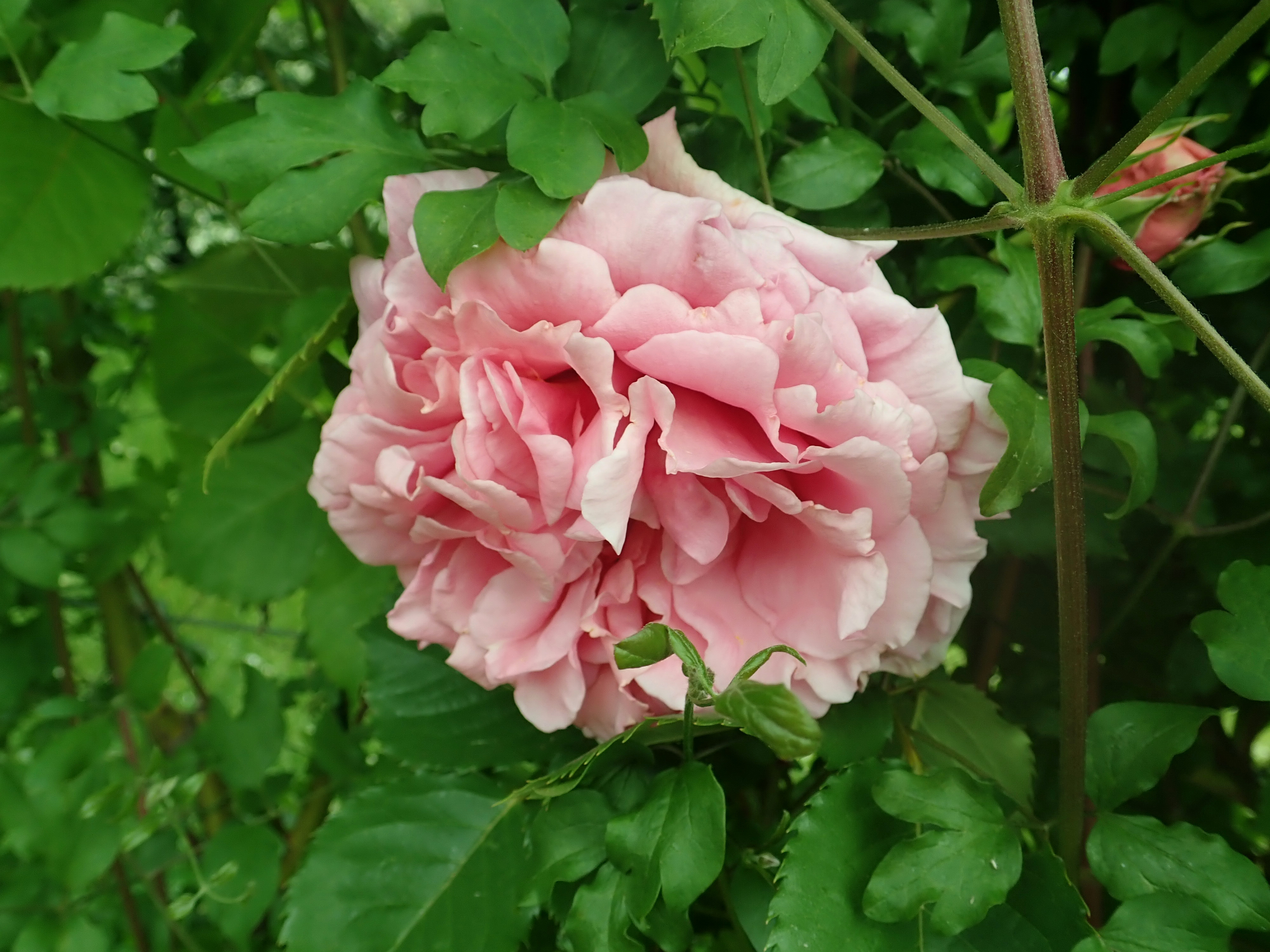
‘Bienvenue’, Delbard, 1999/2011
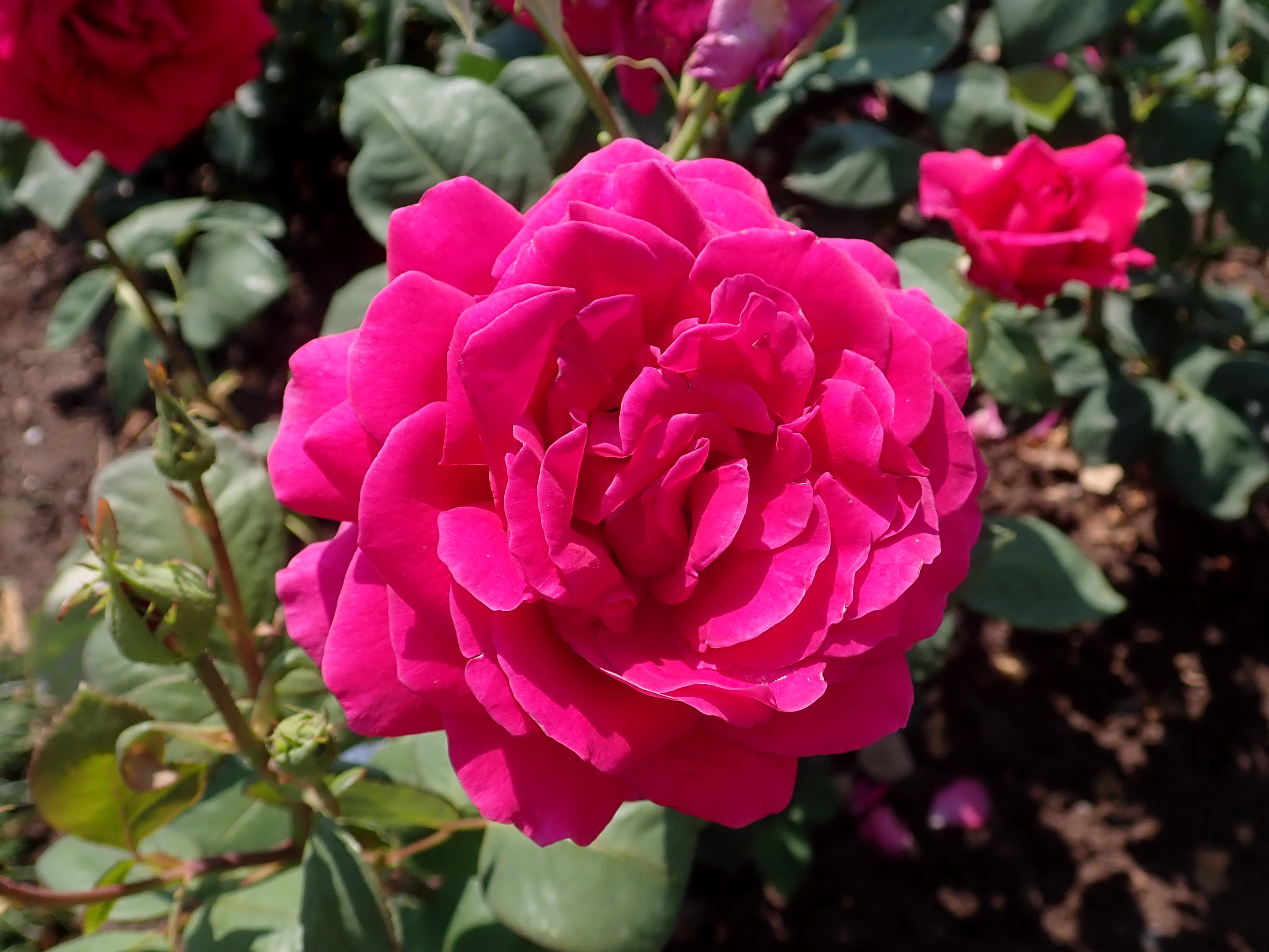
‘Big Purple’, Stephens, 1986
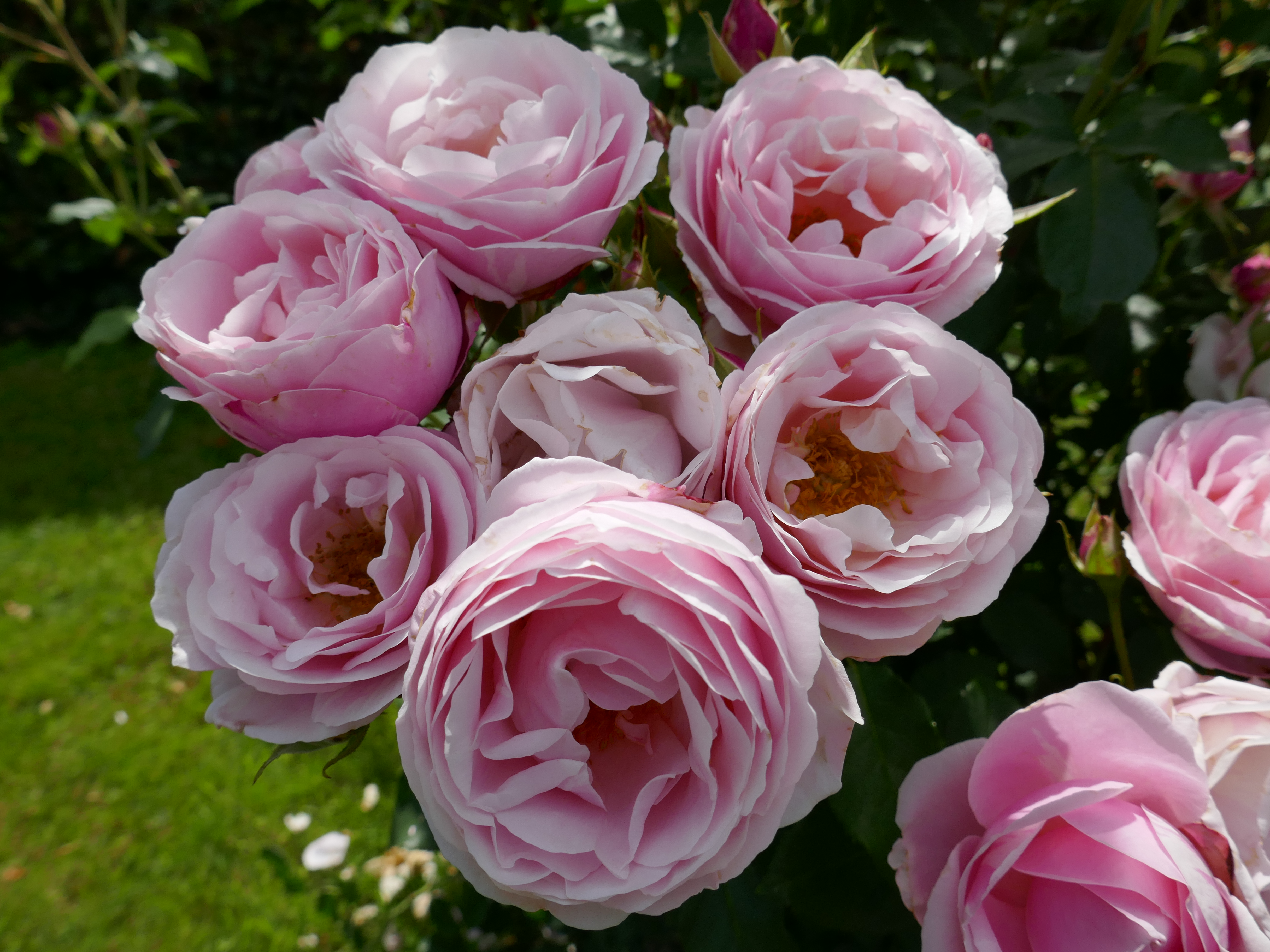
‘Billet Doux’, Delbard, 2010
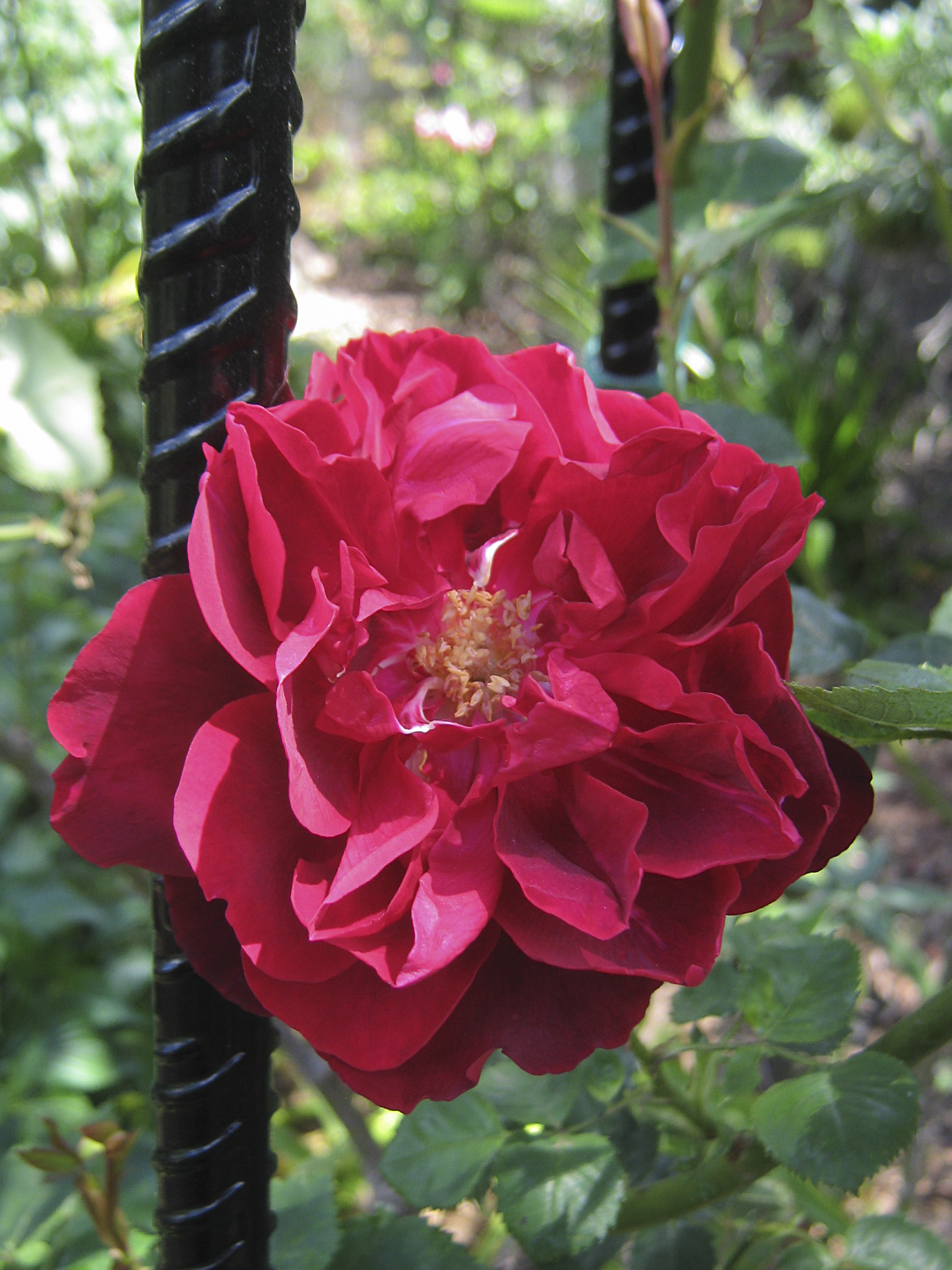
‘Black Boy’, Alister Clark, 1918
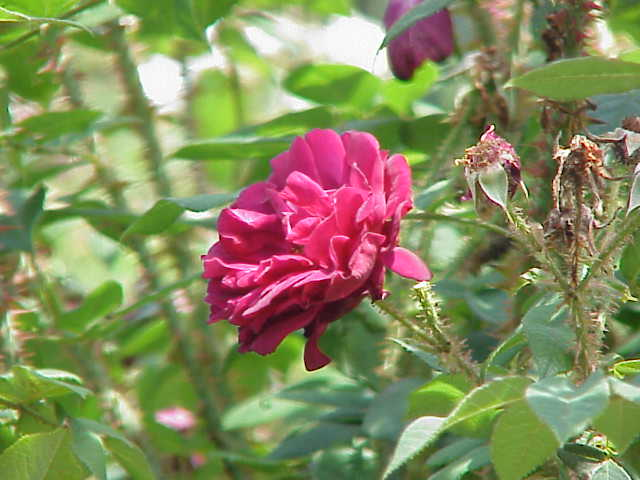
‘Black Boy (1958)’, Kordes, 1958
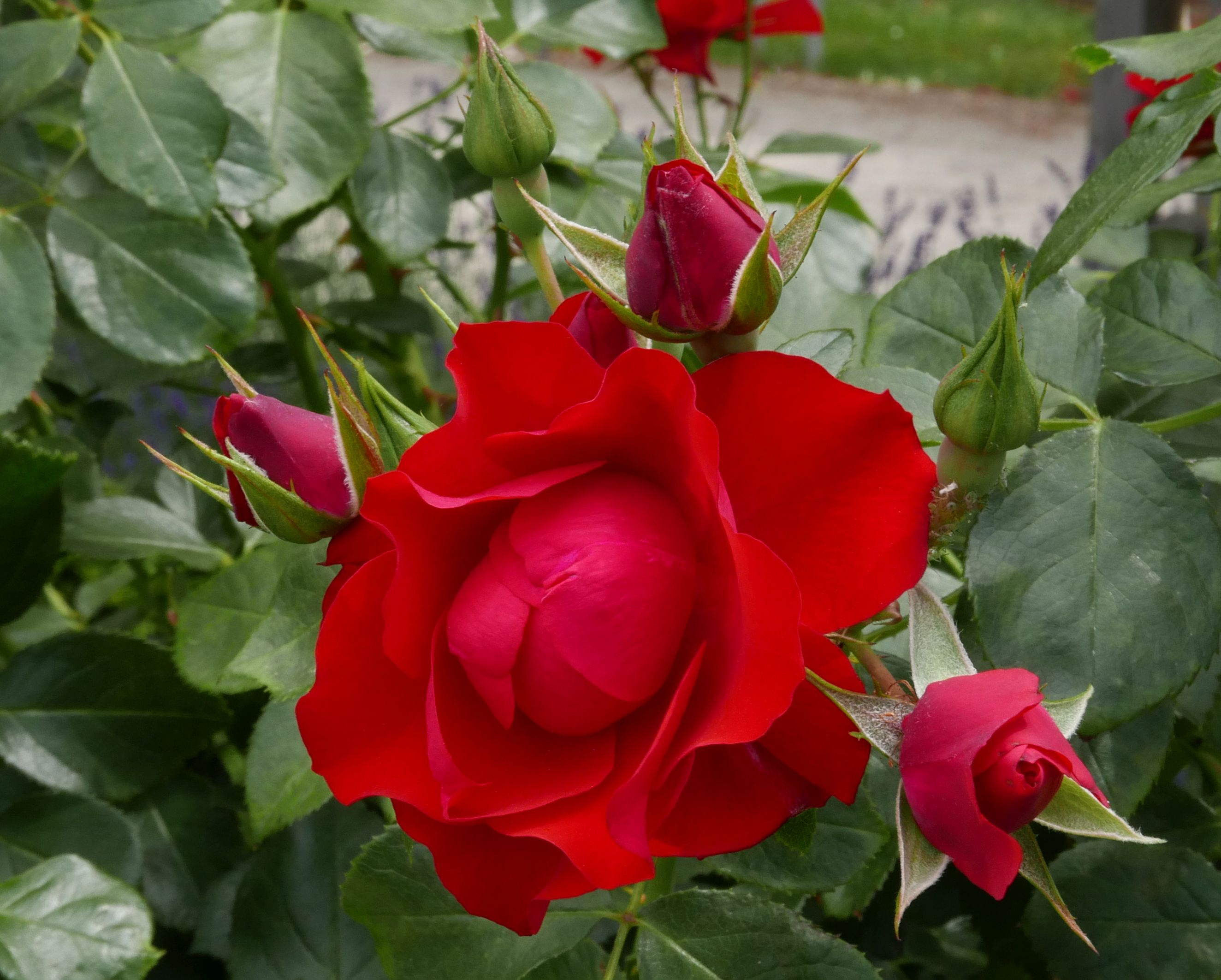
‘Black Forest Rose’, Kordes, 2010
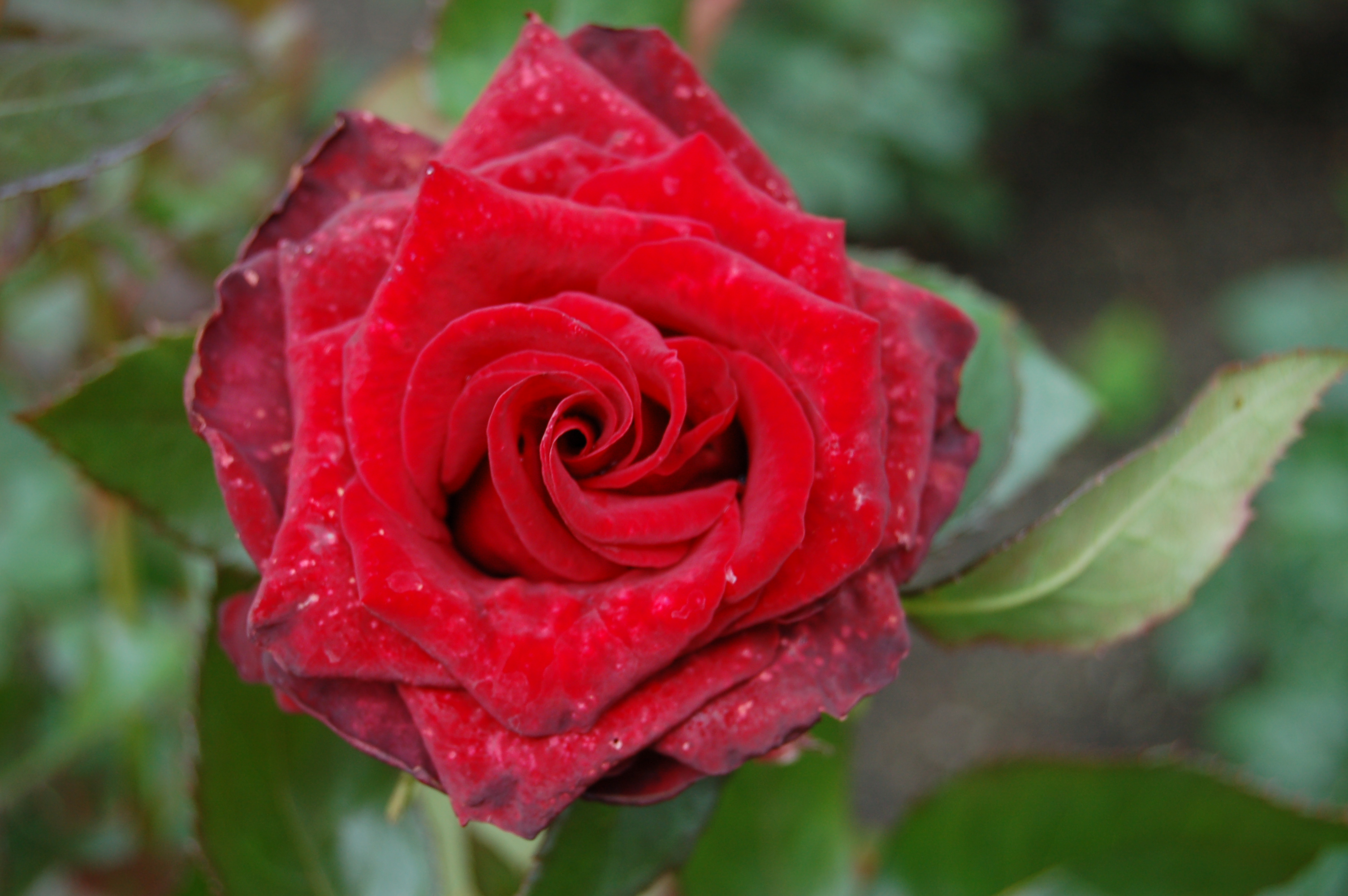
‘Black Magic’, Tantau, 1997
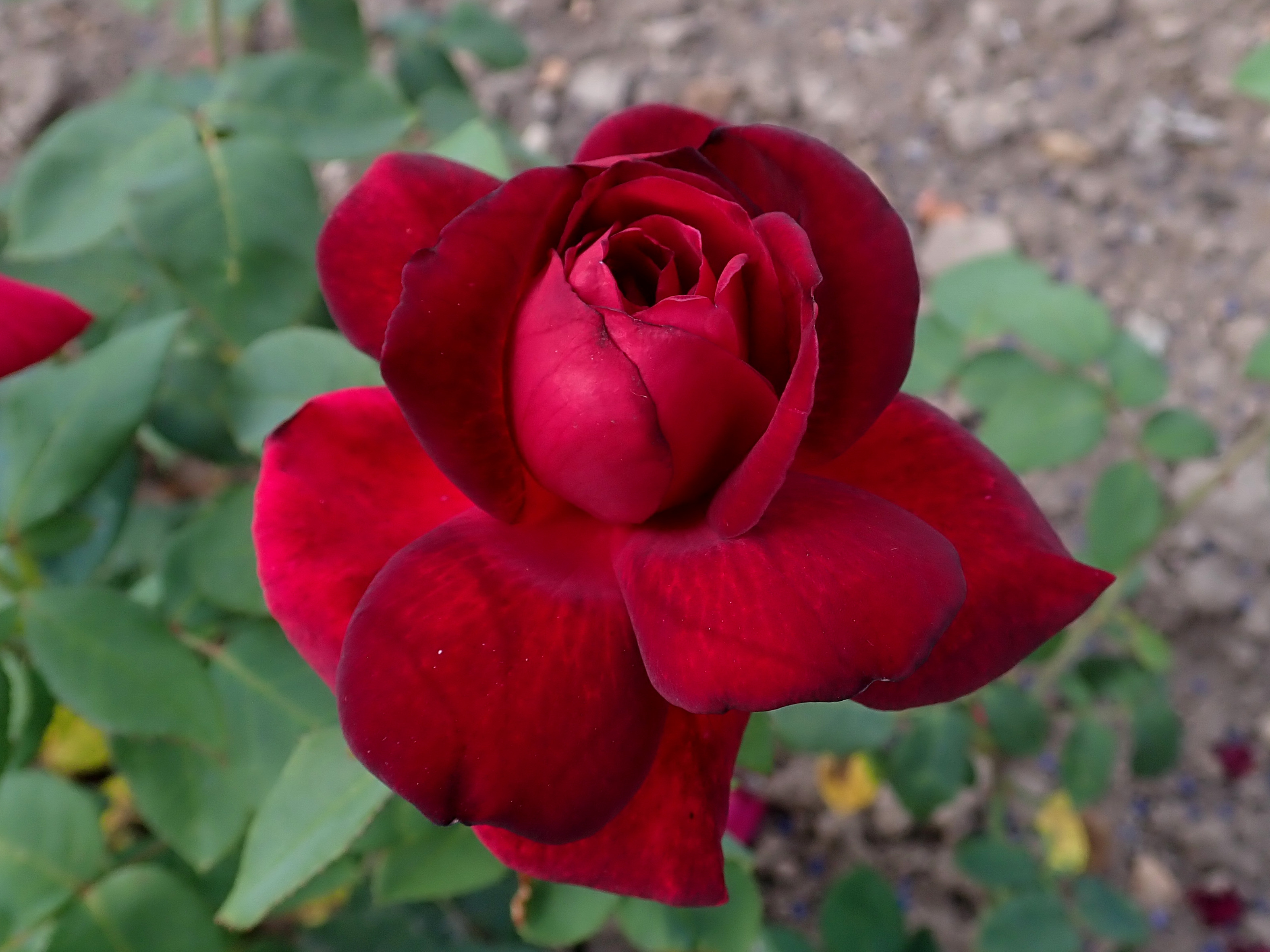
‘Black Velvet’, Dennison H. Morey, 1960
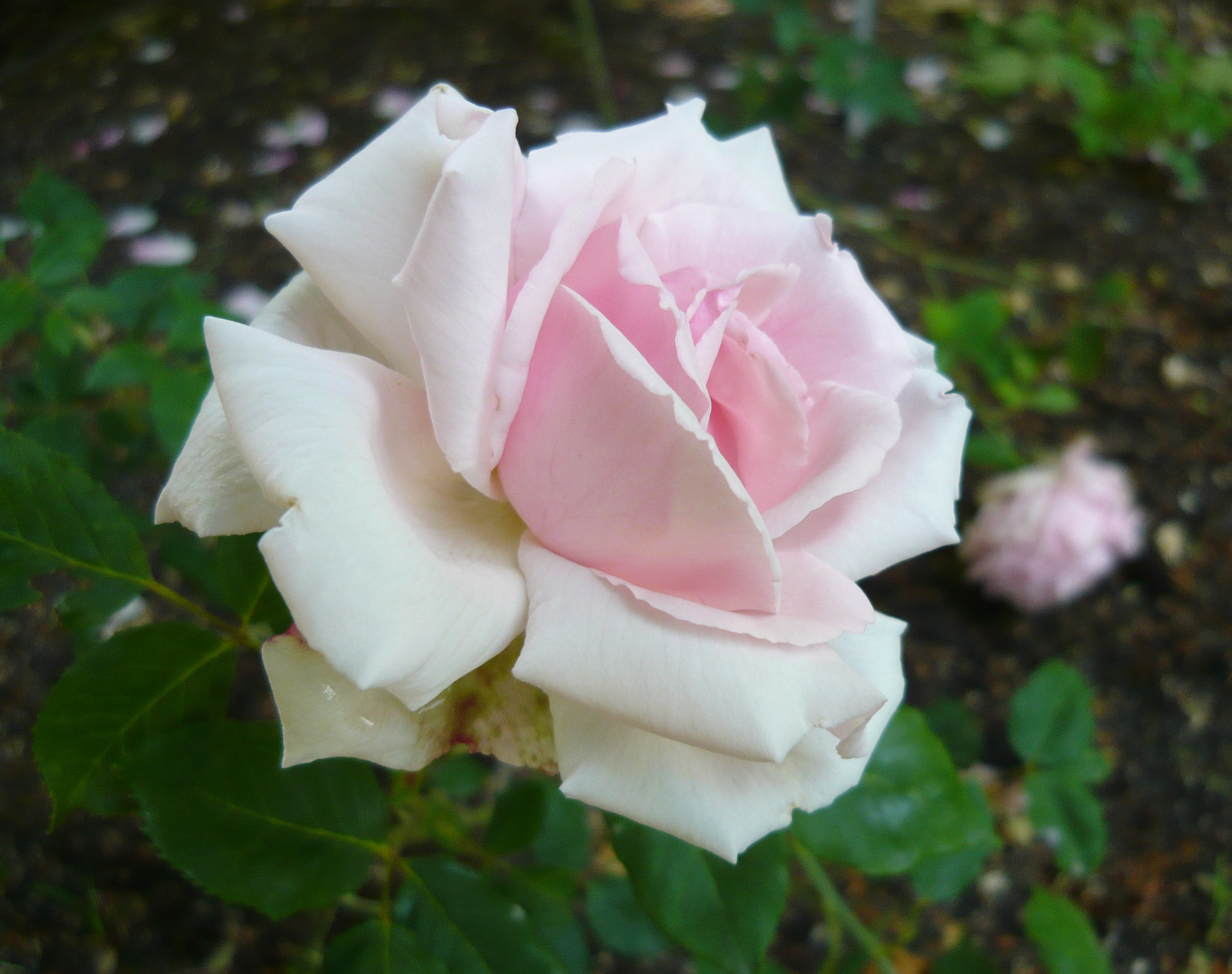
‘Blairii No. 1’, Blair, 1830
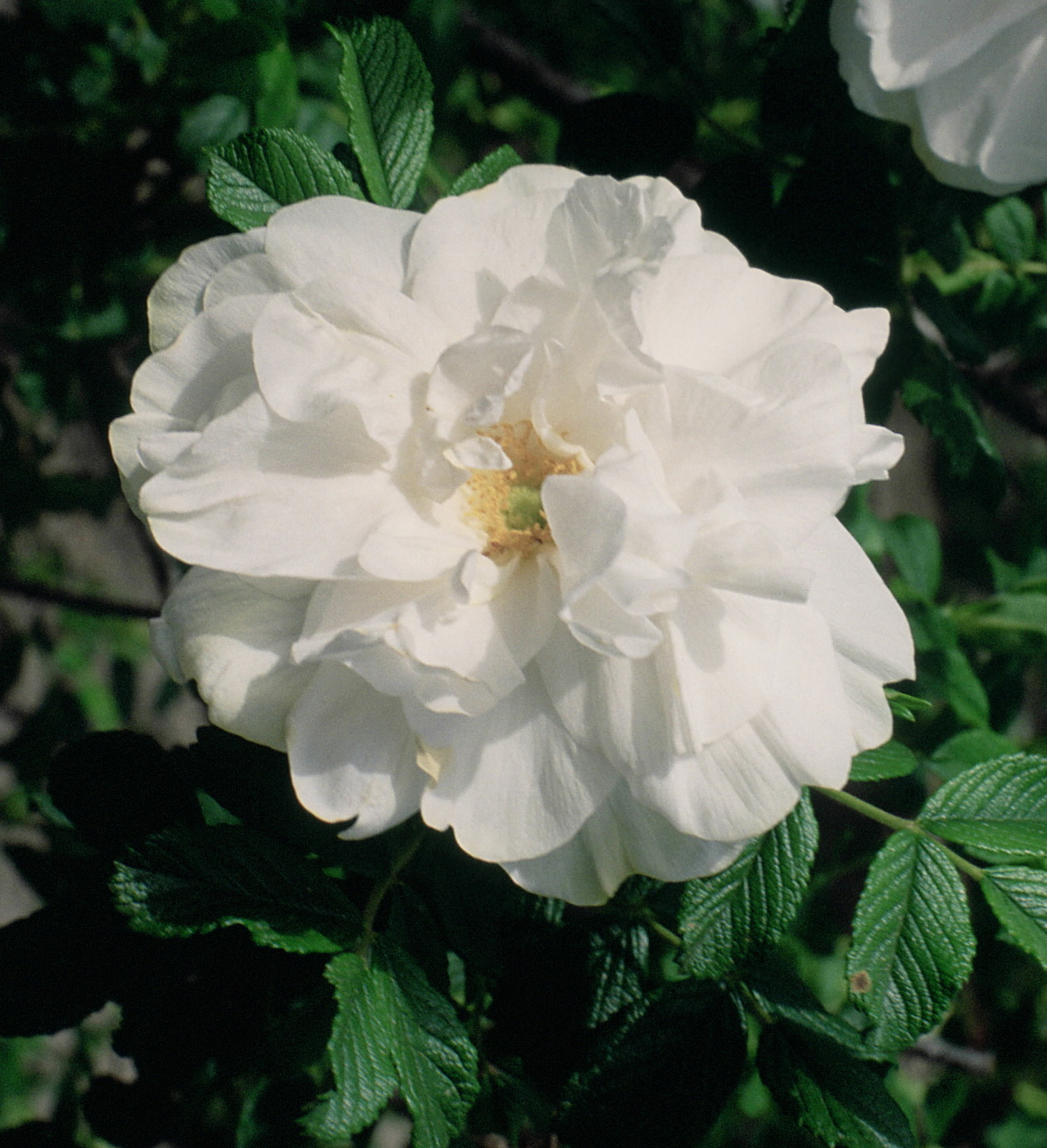
‘Blanc Double de Coubert’, Cochet-Cochet, 1893
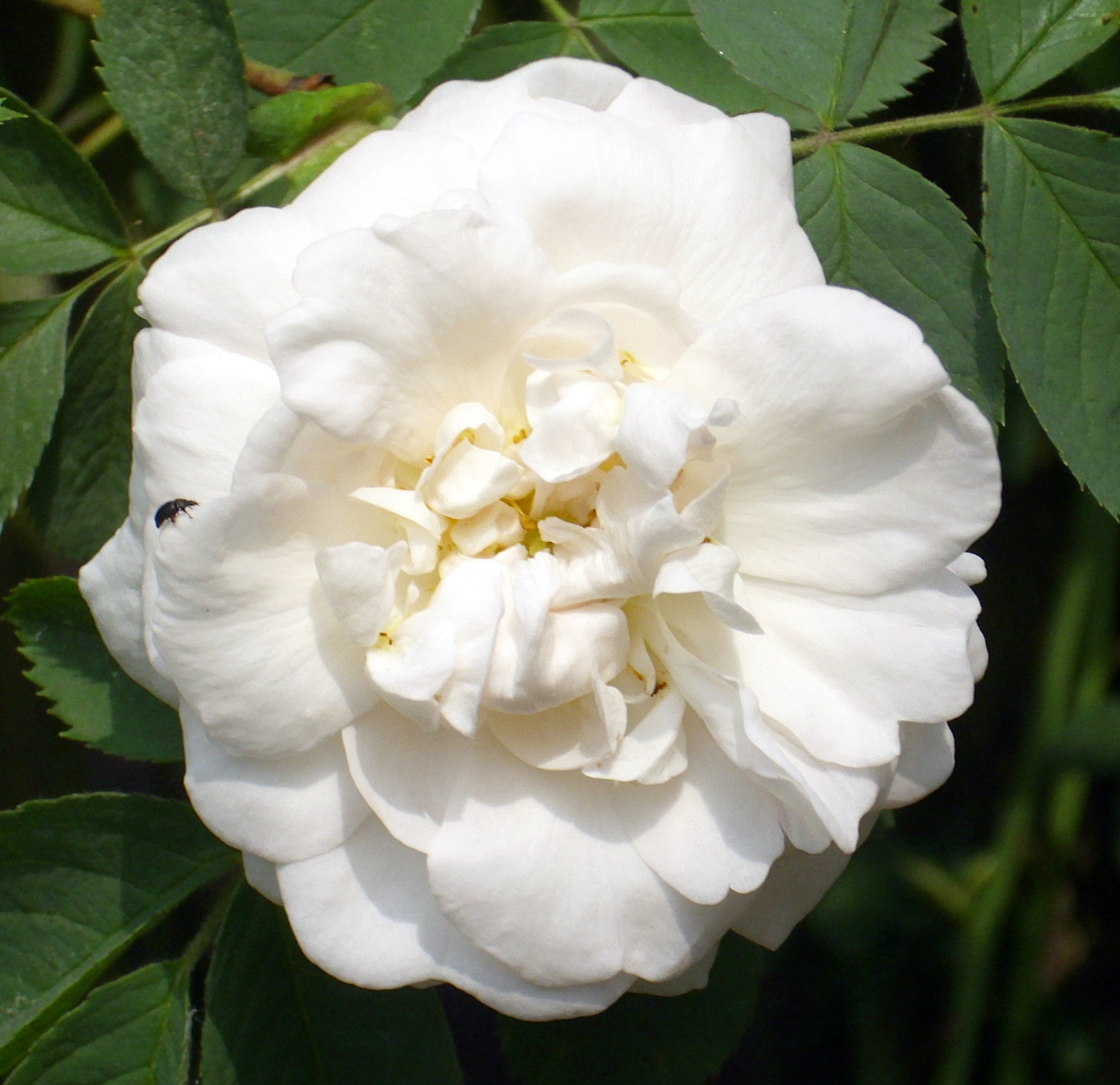
‘Blanche de Belgique’, Rosa alba, vor 1846
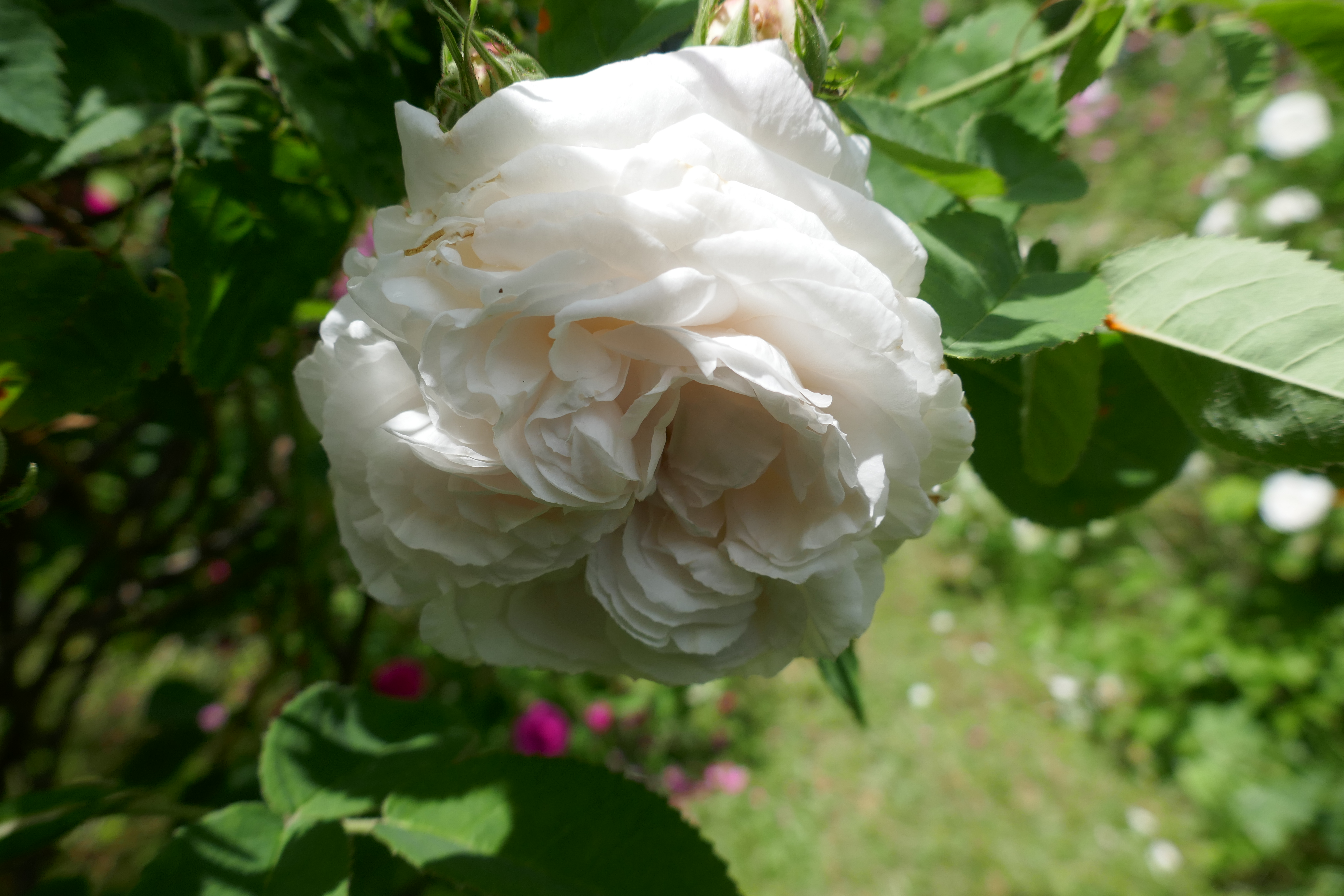
‘'Rosa 'Blanchefleur’’’, Vibert 1835
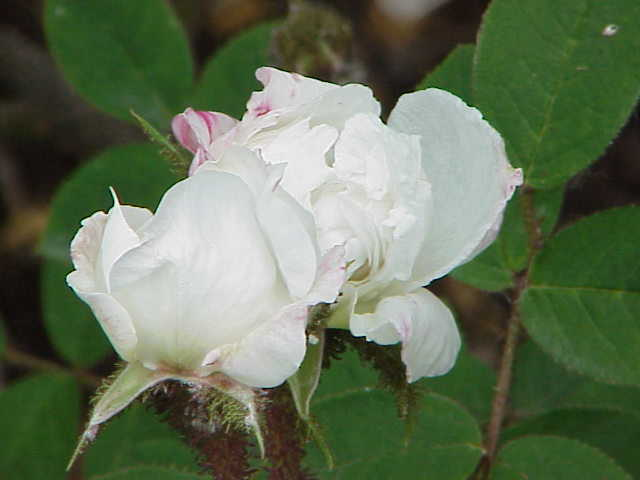
‘Blanche Moreau’, Moreau-Robert, 1880
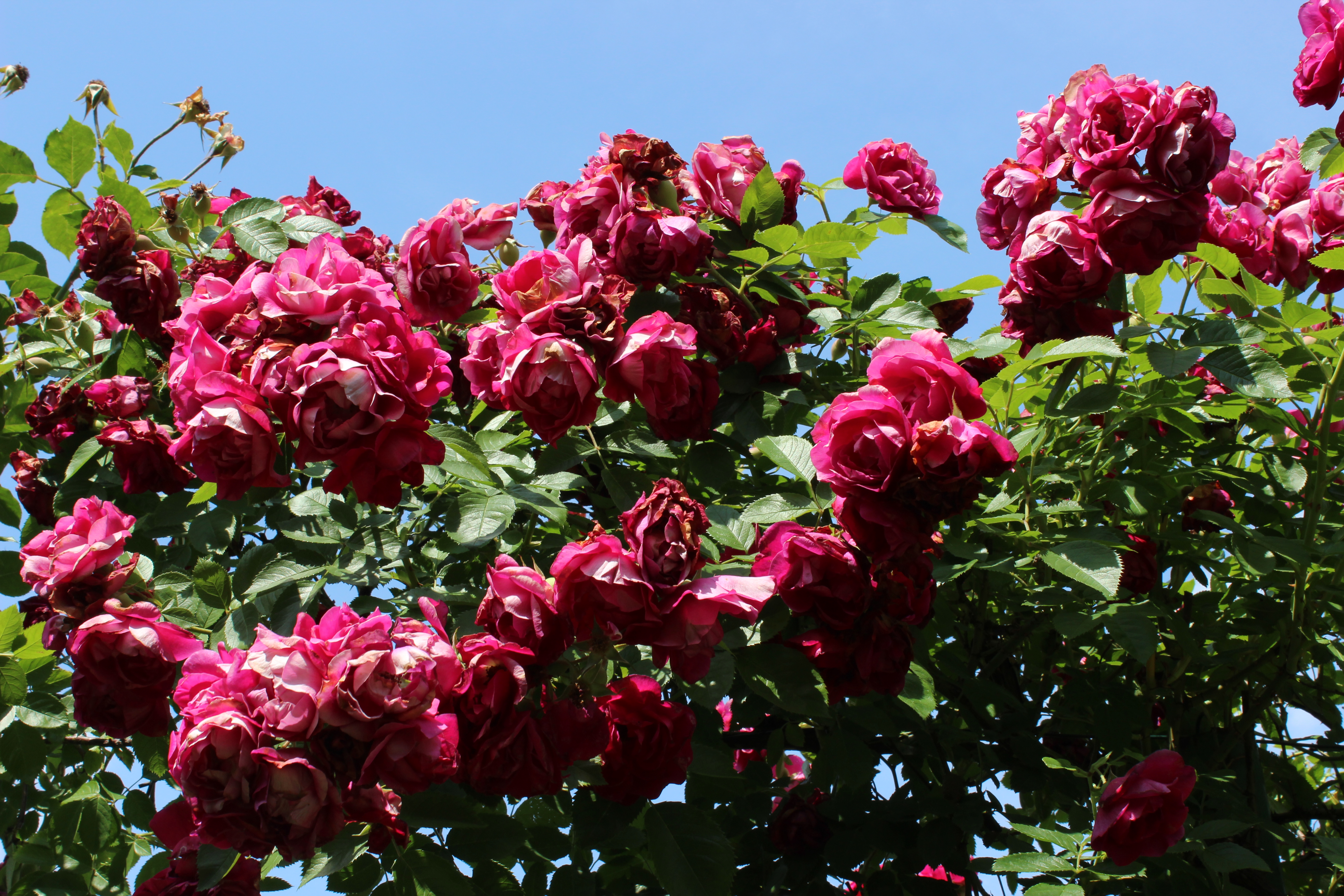
‘Blaze’, Kallay, 1932
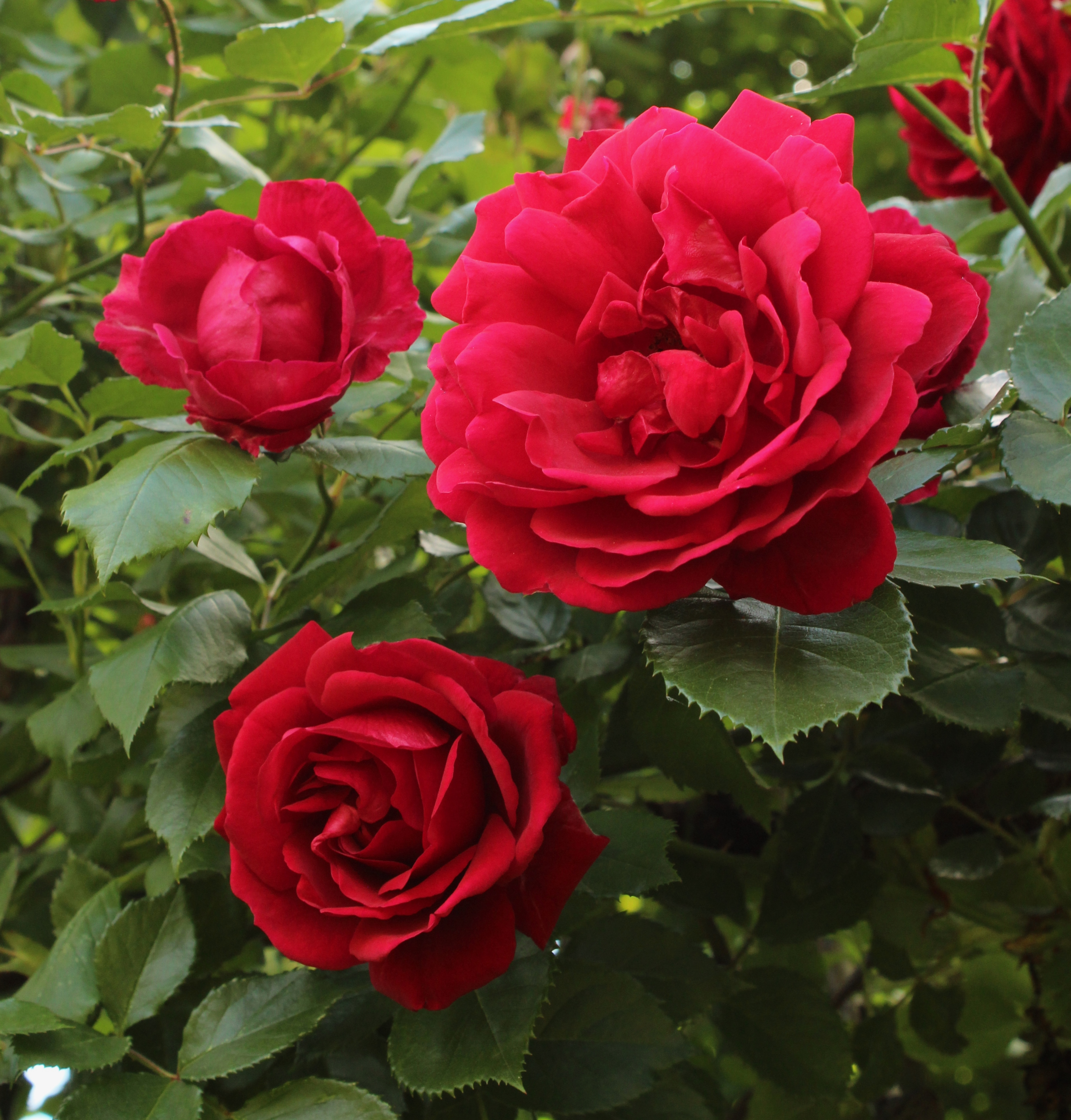
‘Blaze superior’, Böhm, 1935
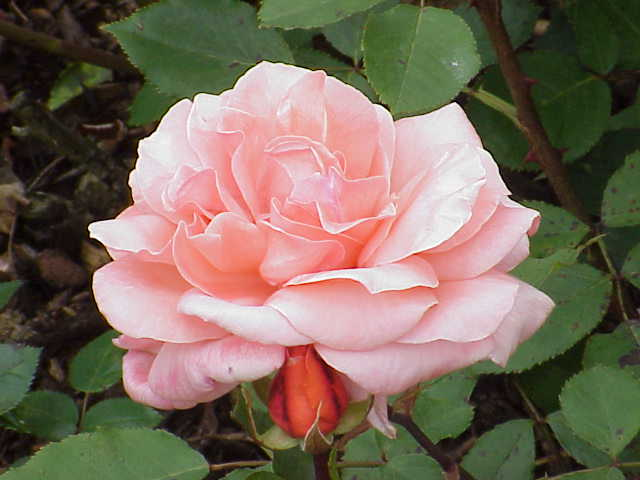
‘Blessings’, Gregory, 1968
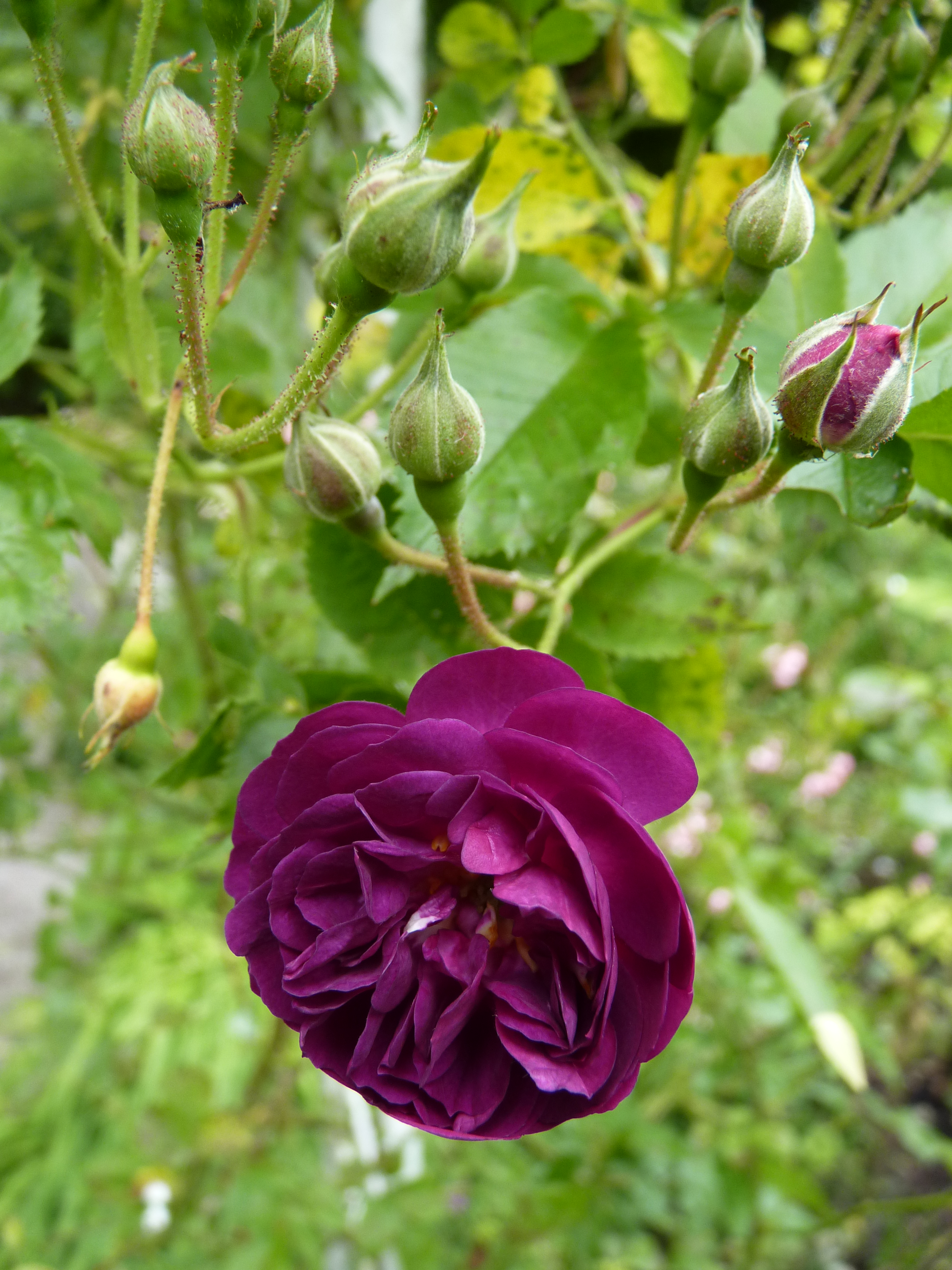
‘Bleu Magenta’, Unbekannt, ca. 1920
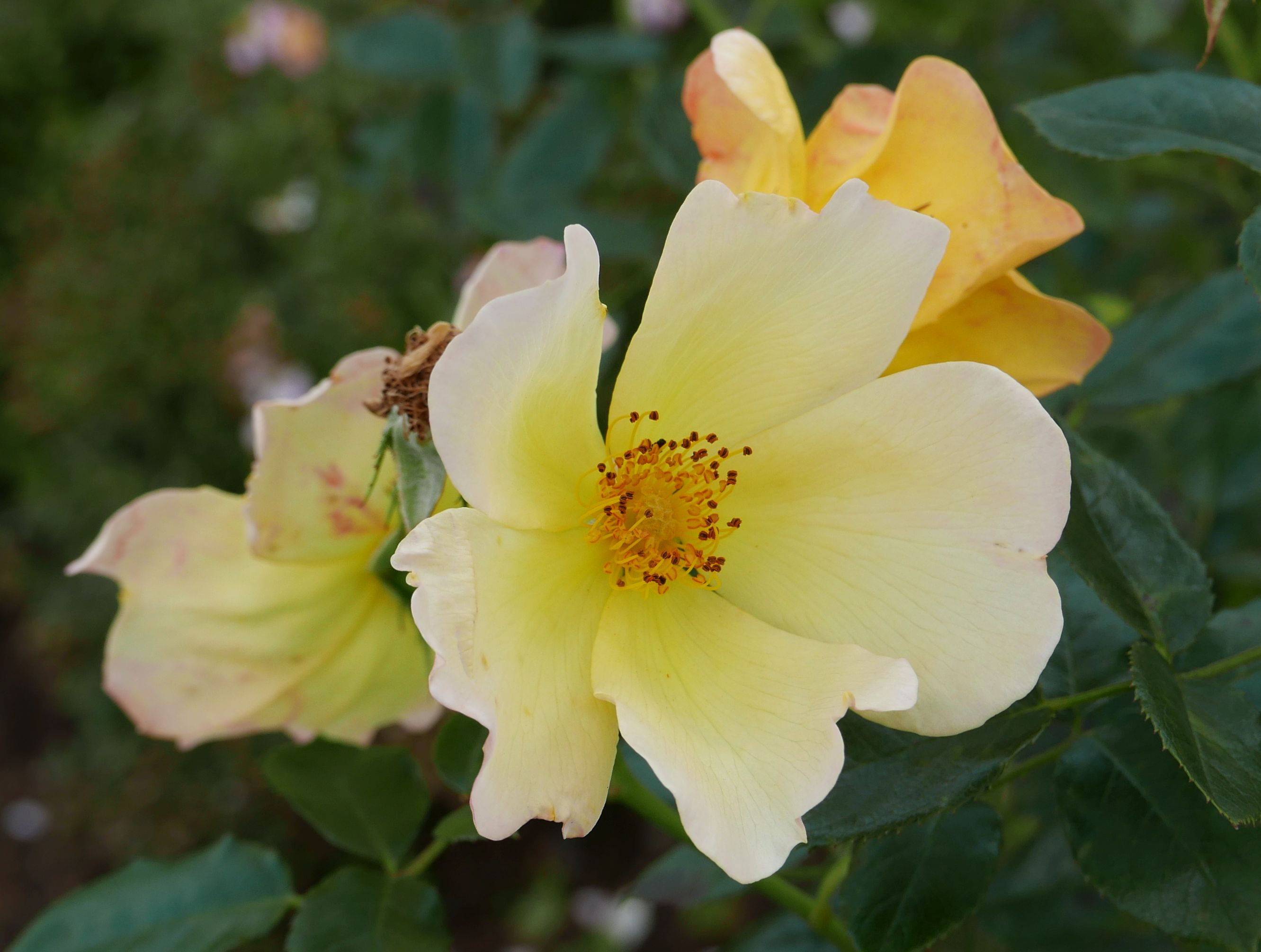
‘Bloomfield Dainty’, George C. Thomas, 1924
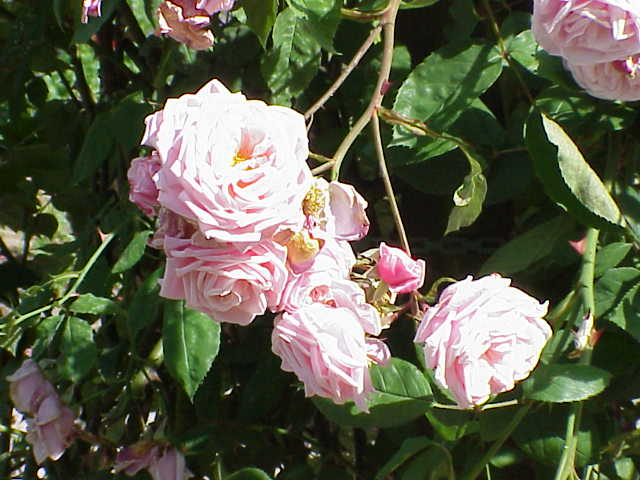
‘Blossomtime’, O’Neal, 1951
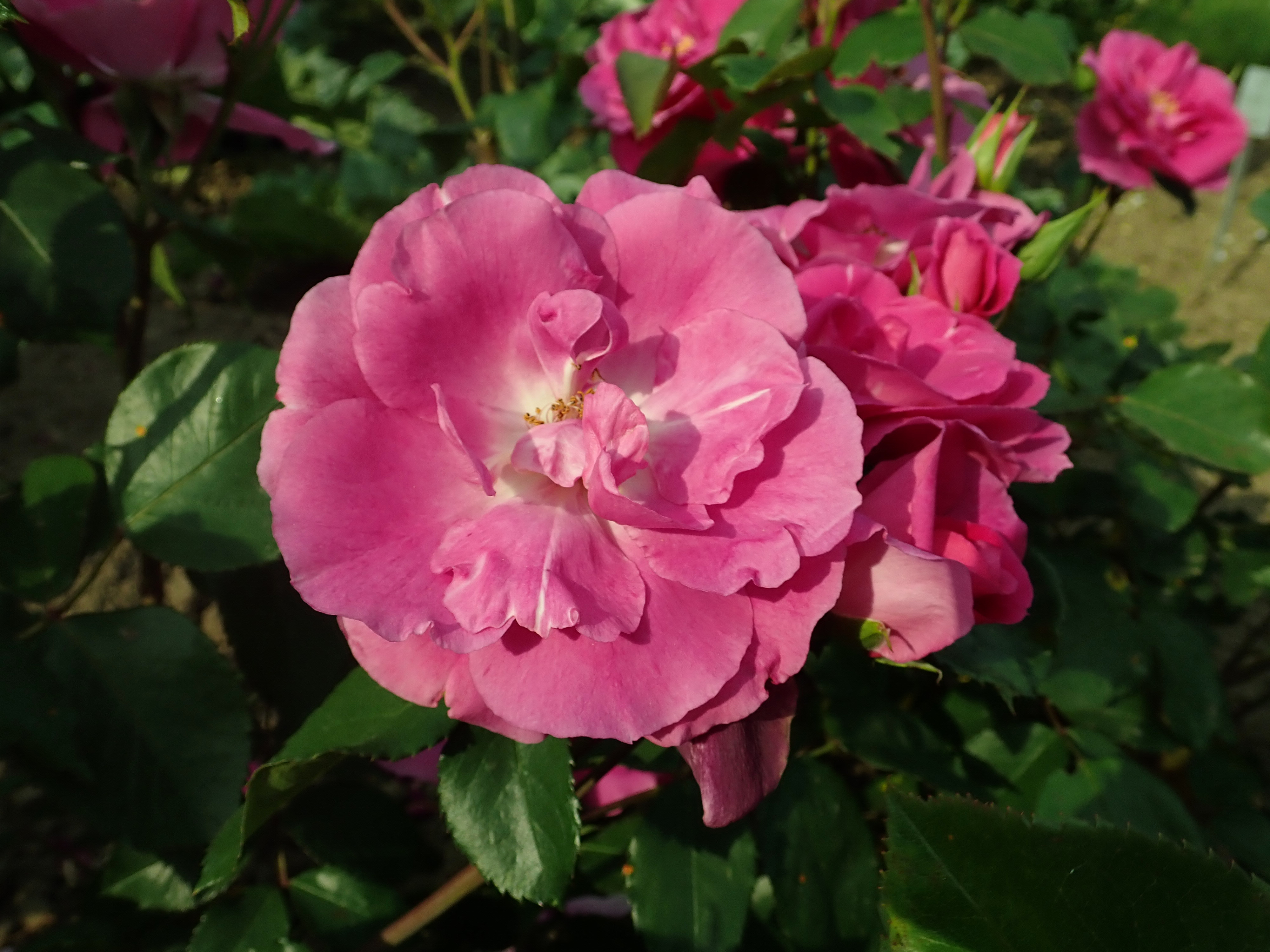
‘Bluebell’, Meilland, 2014
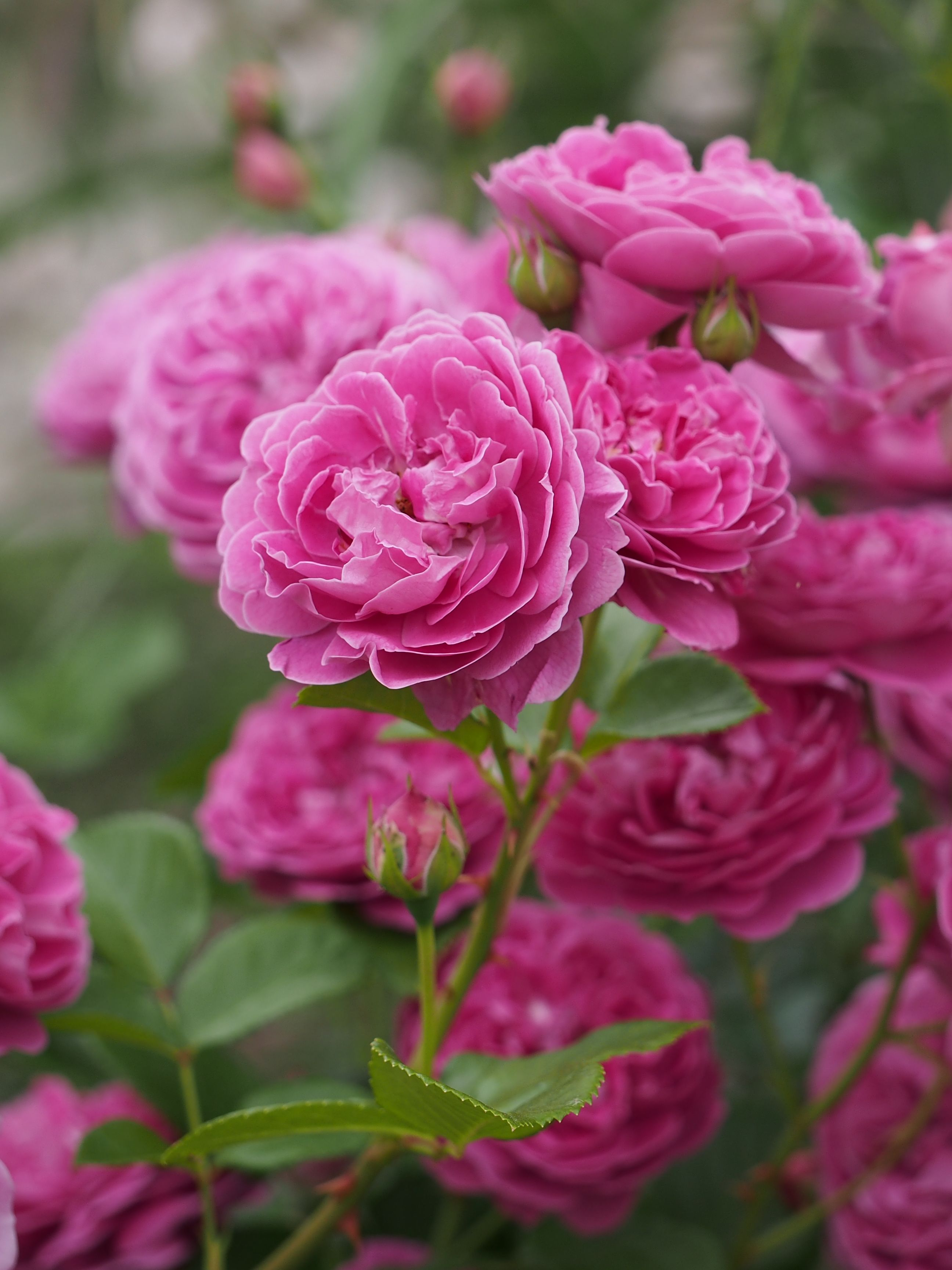
‘Blue Boy’, Interplant, 2000
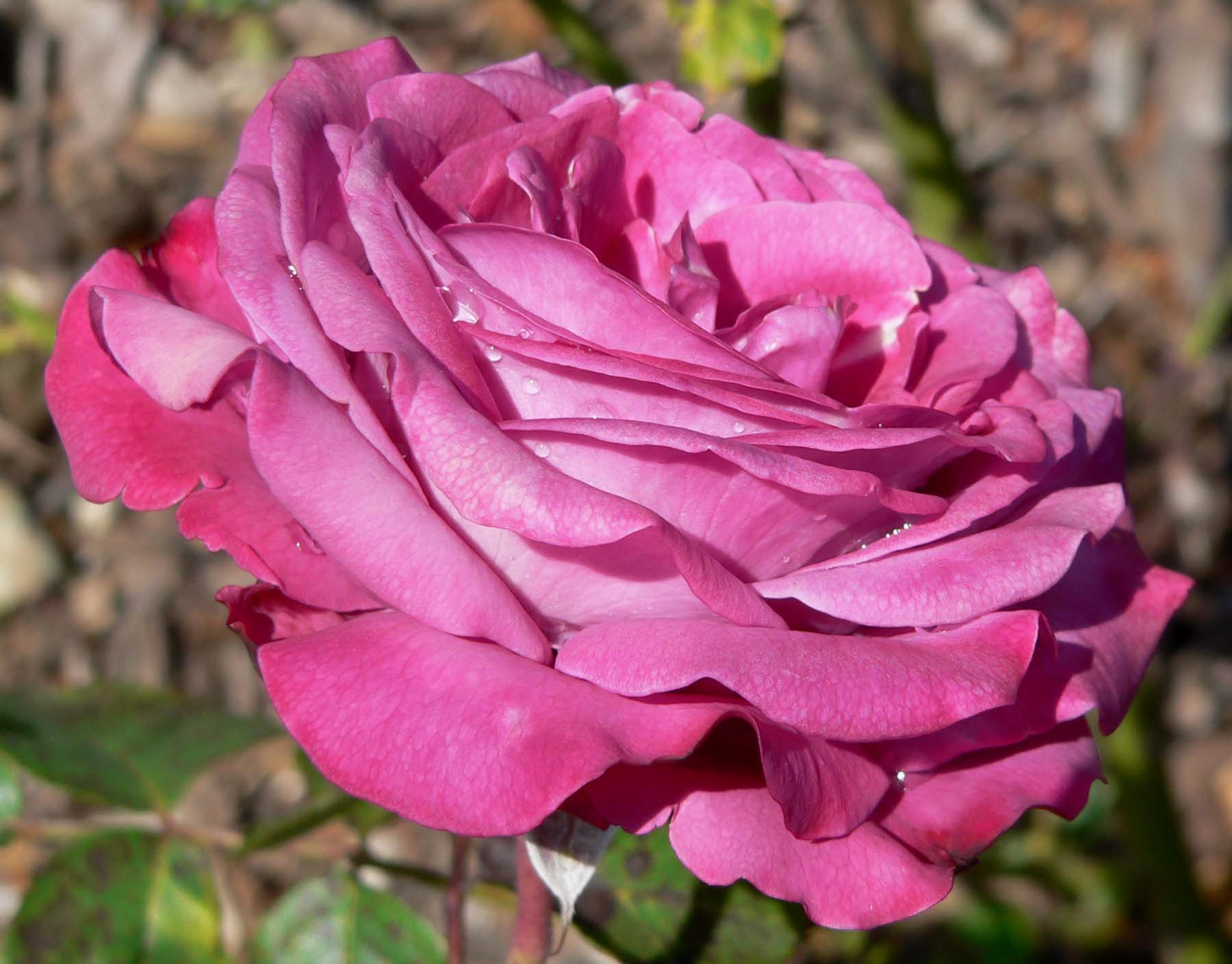
‘Blue Chip’, Warriner, 1983
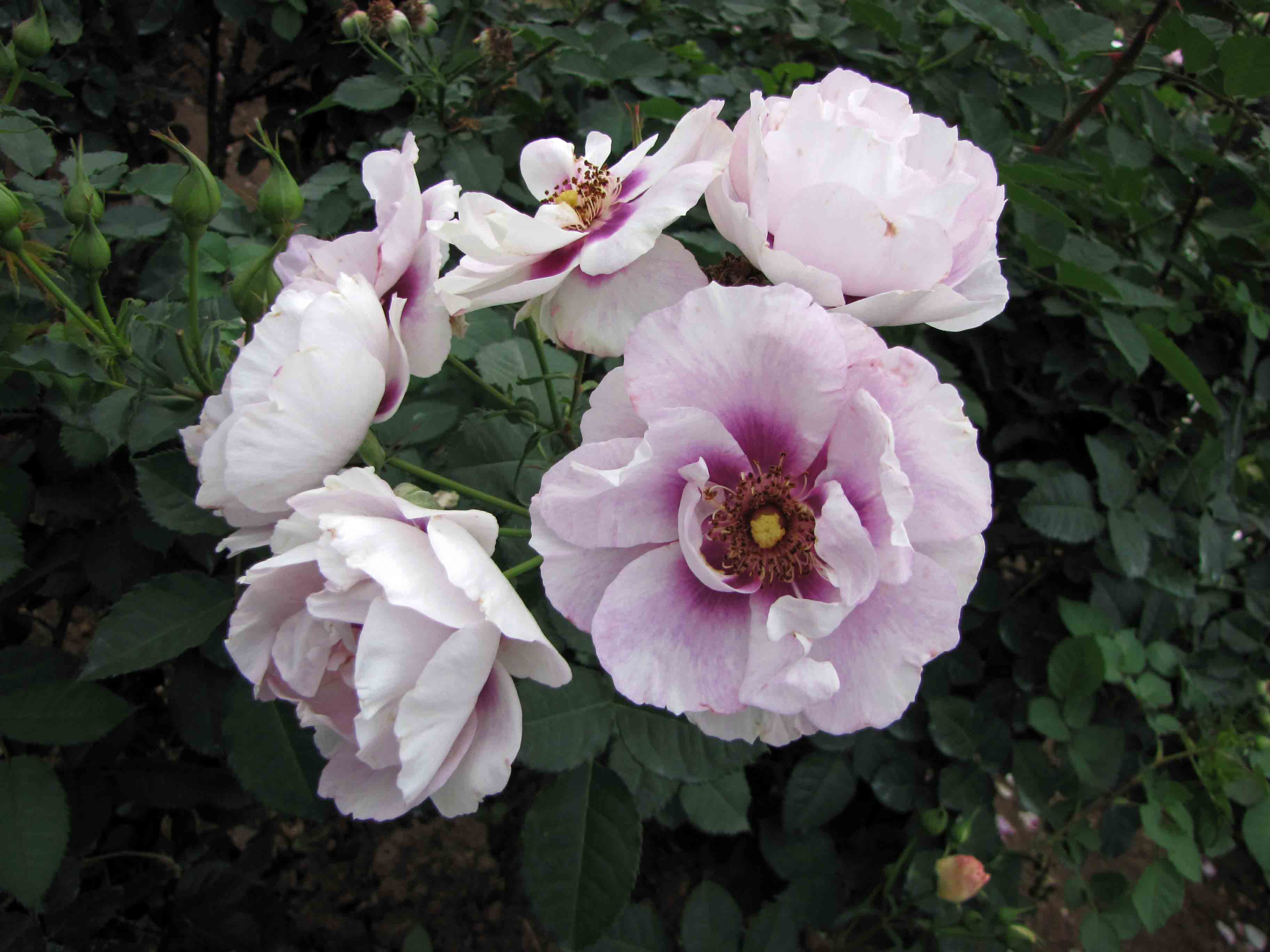
‘Blue Eyes’ (auch ‘Eyes for You’), Peter J. James, 2004
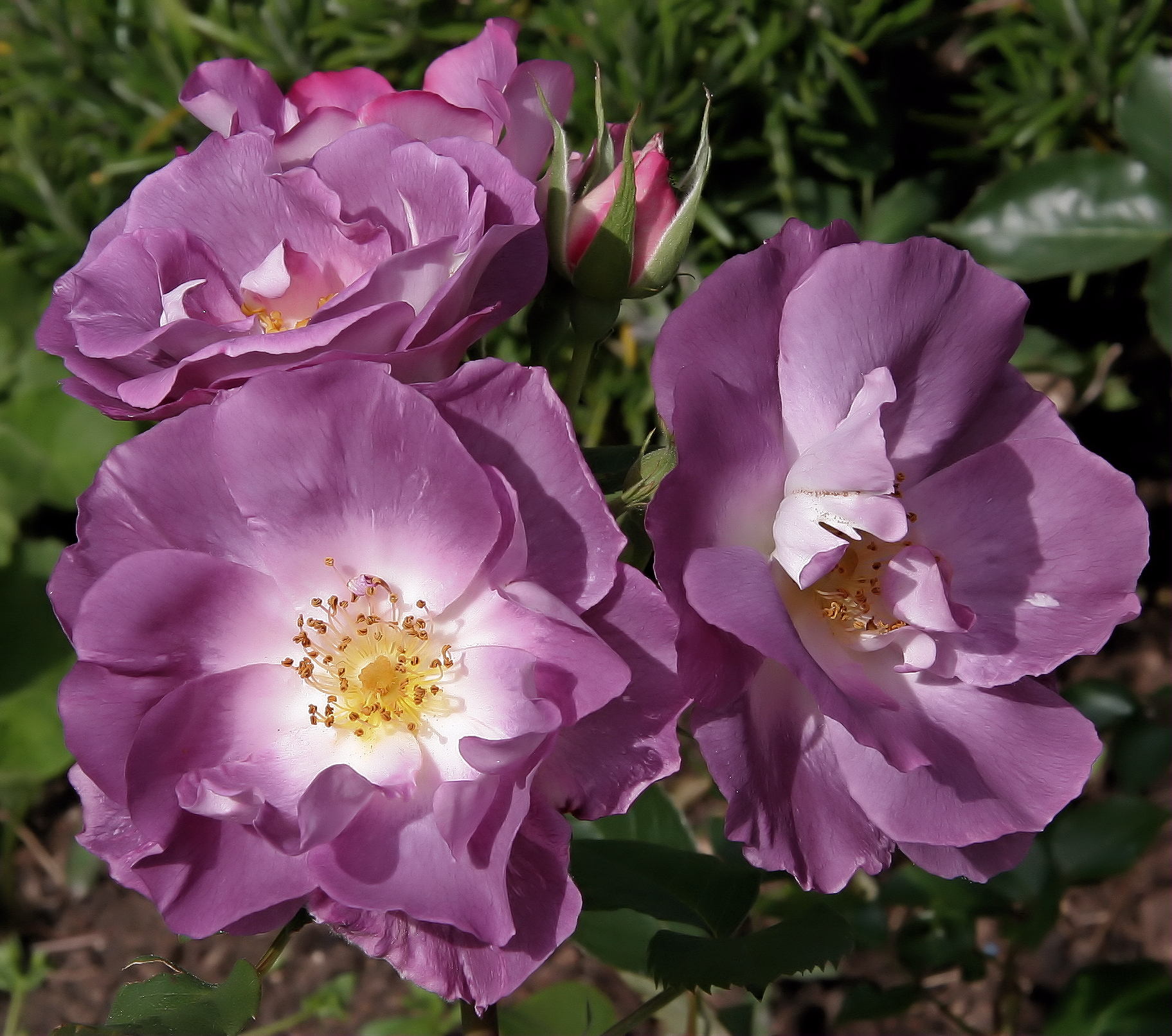
‘Blue for you’ (auch ‘Pacific dream’), Peter J. James, 2001
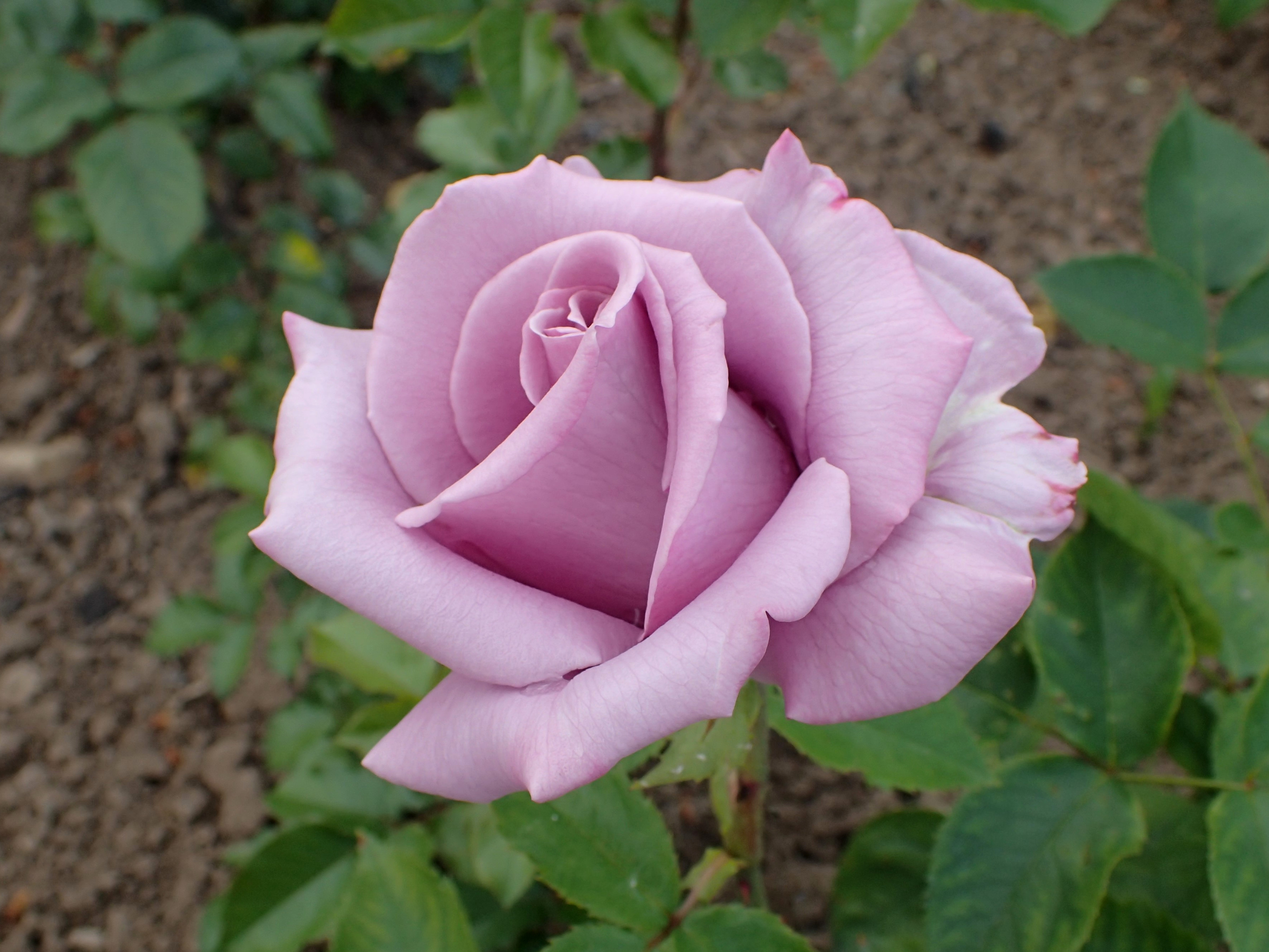
‘Blue Nile’ (oder ‘Nil Bleu’), Delbard, 1975
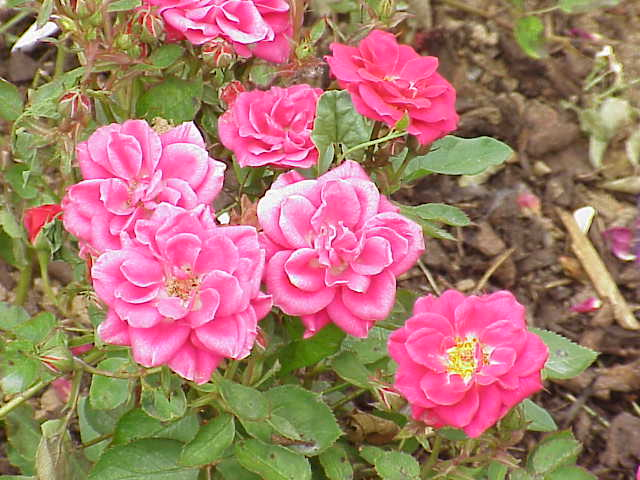
‘Blue Parade’, Poulsen, 1988
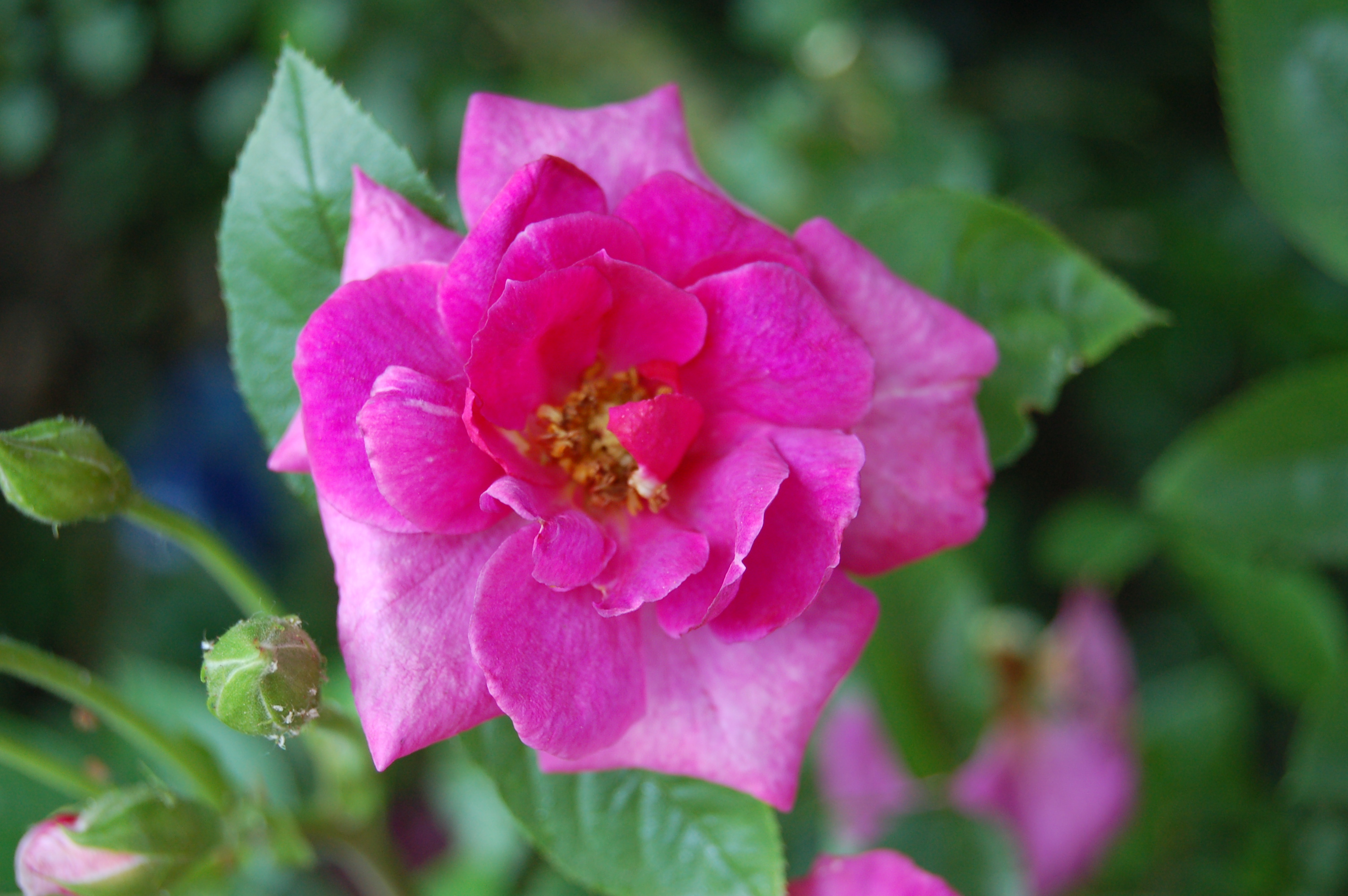
‘Bluenette’, De Ruiter, 1983
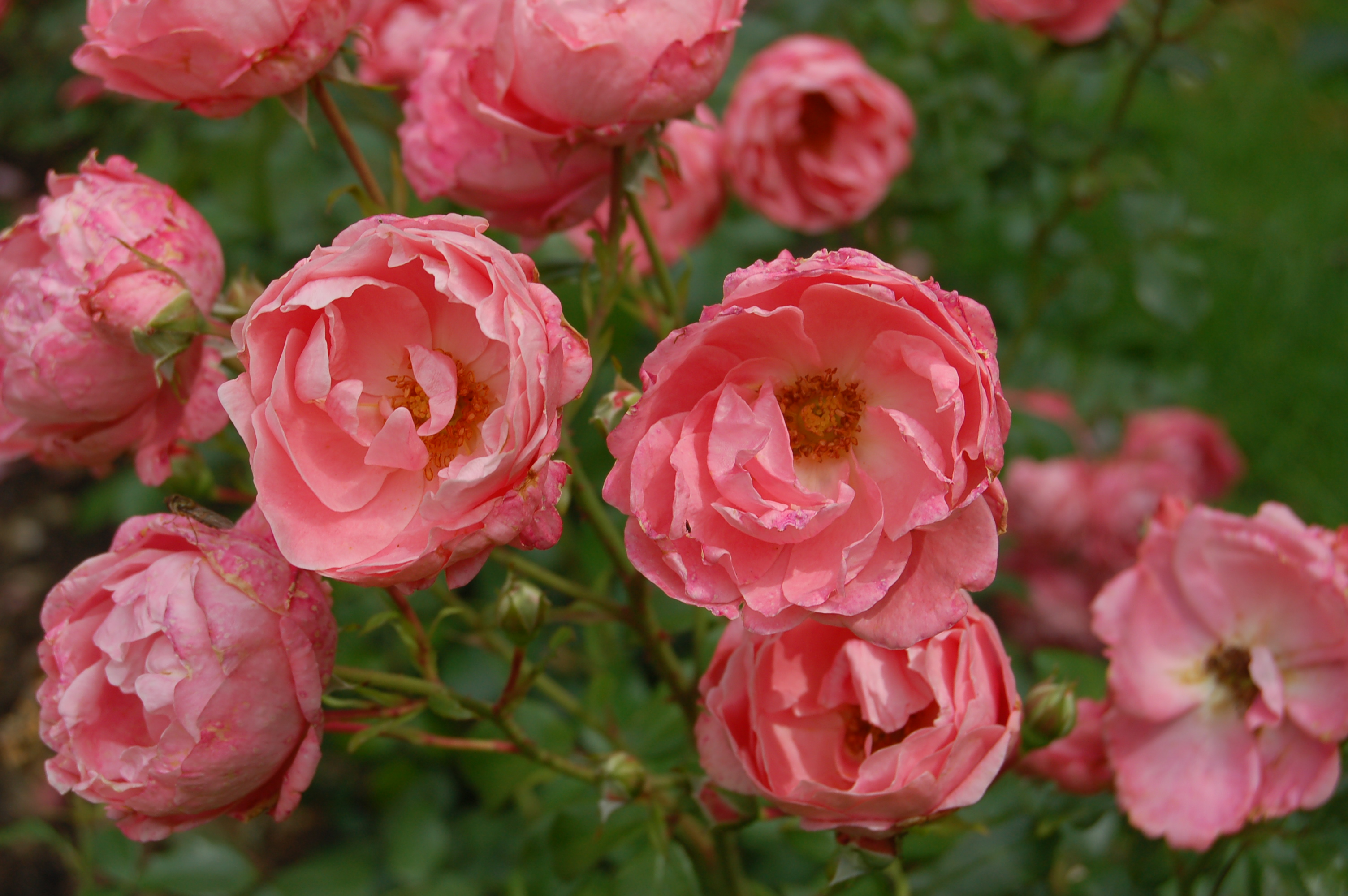
‘Blühwunder’, Kordes, 1995
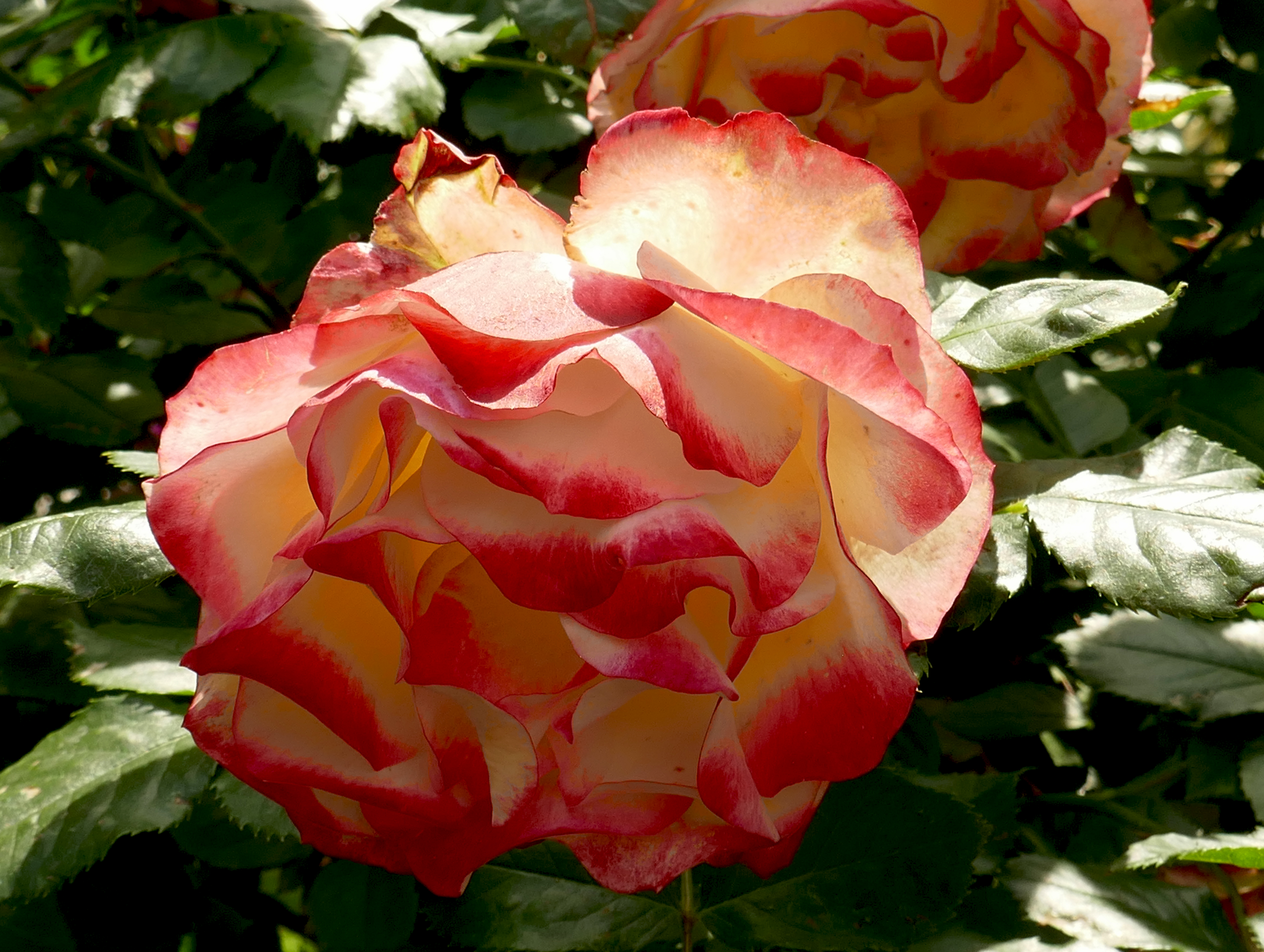
‘Blumenstadt Tulln’, Meilland, 2000
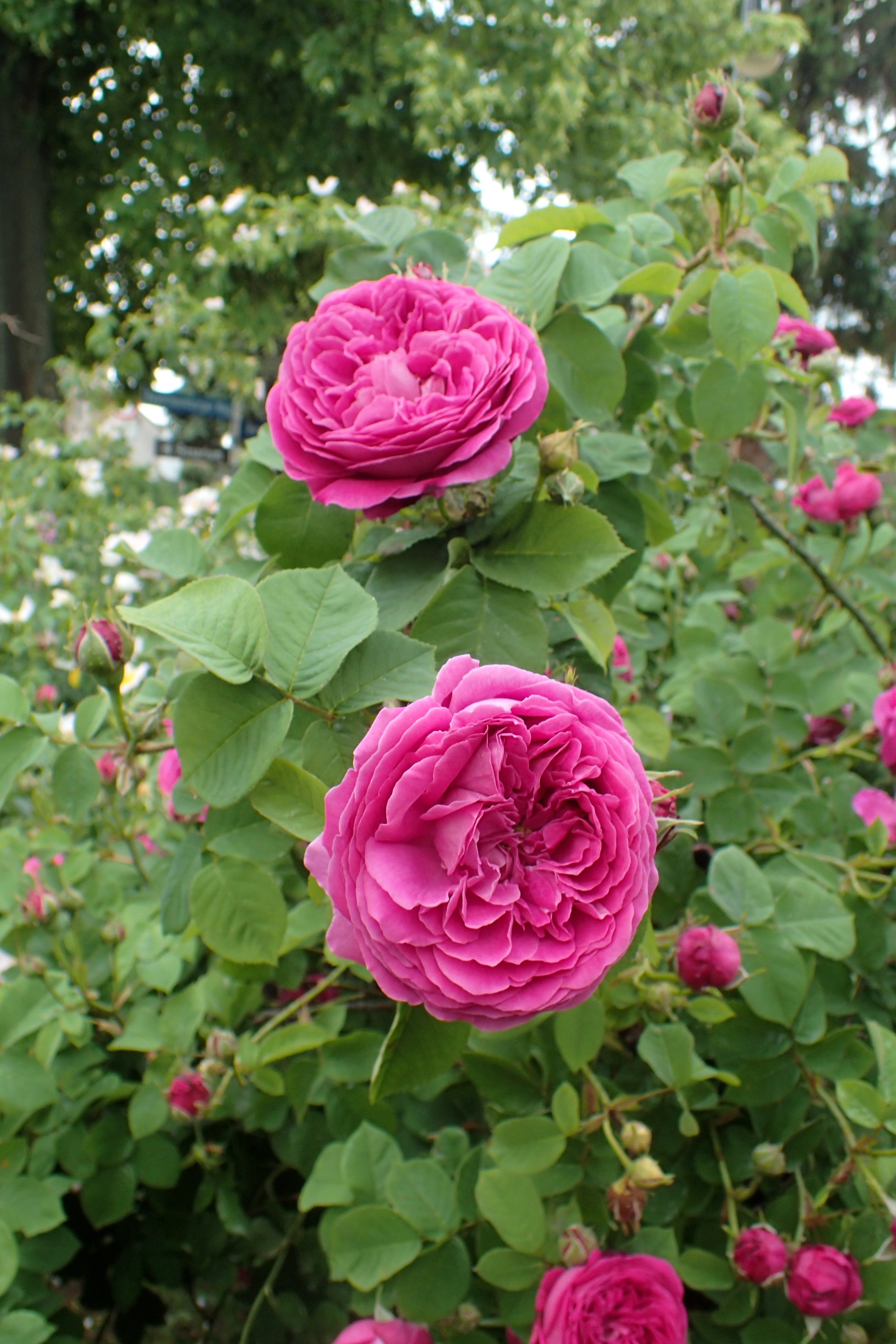
‘Blush Damask’, vor 1806
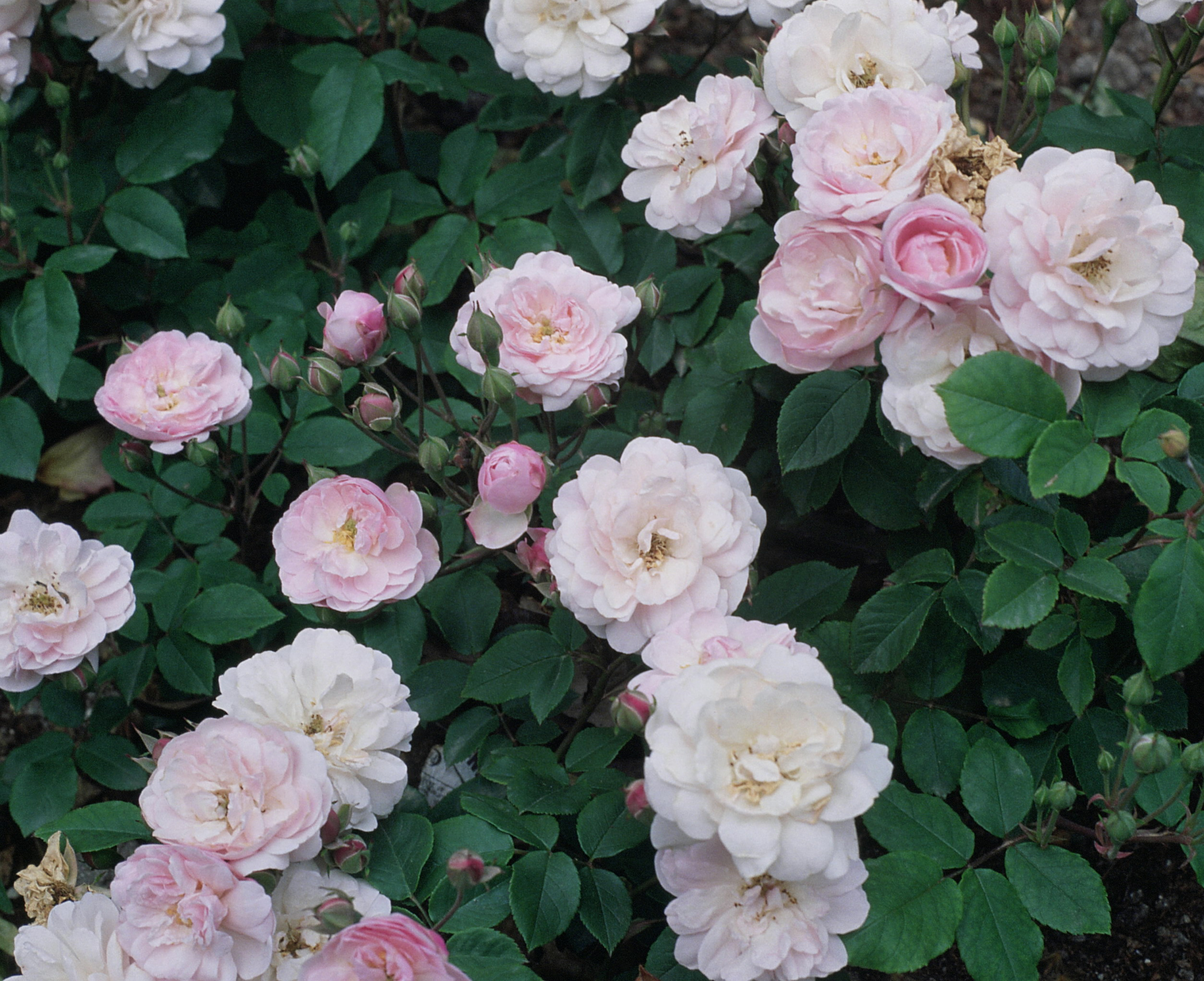
‘Blush Noisette’, Noisette, 1814
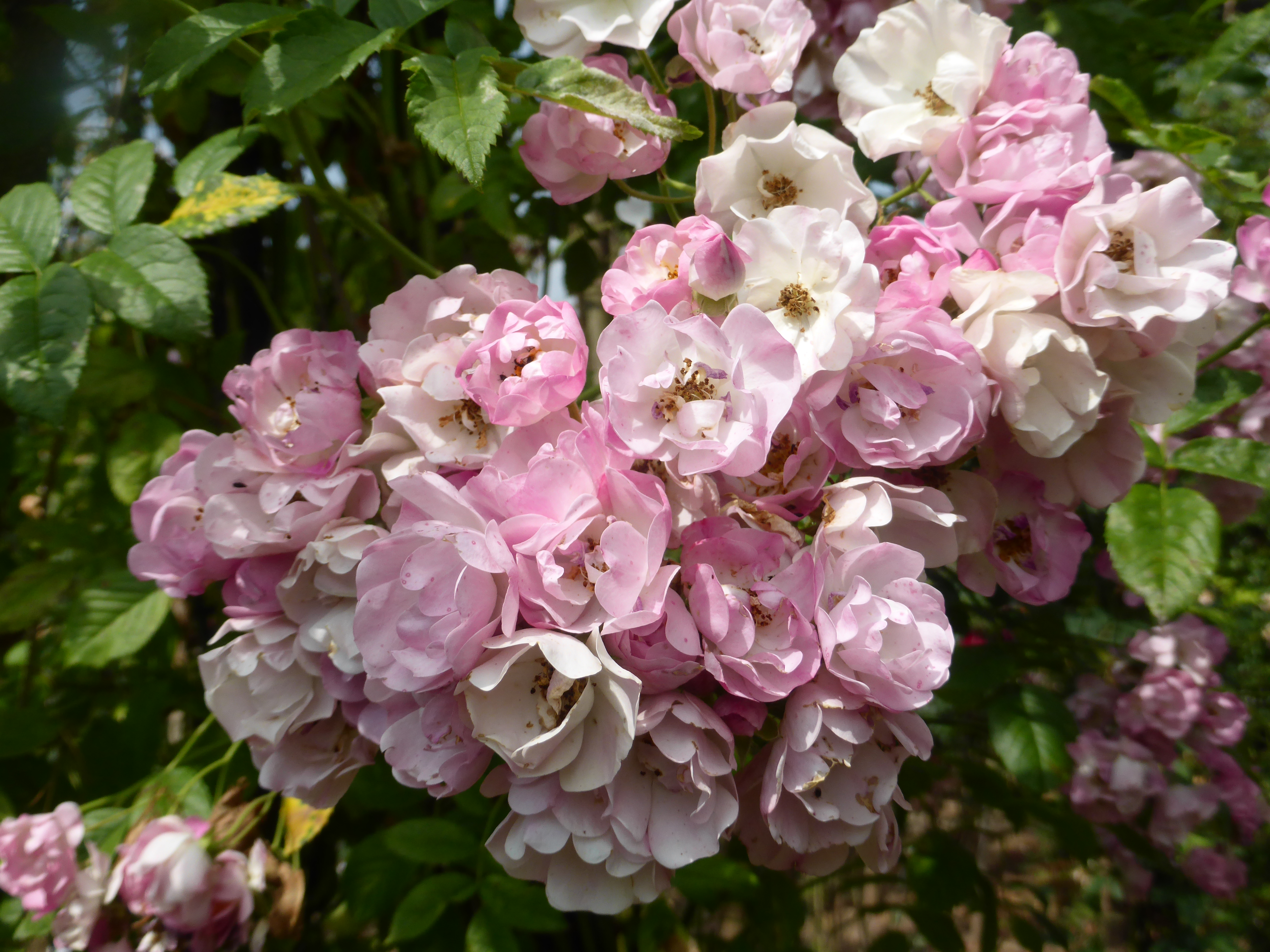
‘Blush Rambler’, Cant, 1903
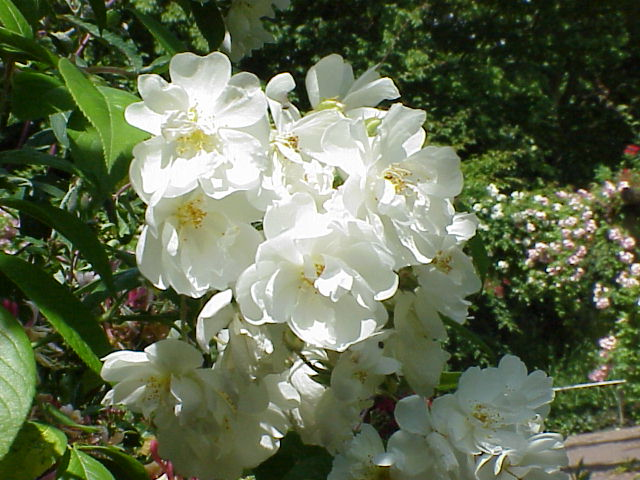
‘Bobbie James’, Sunningdale, 1961
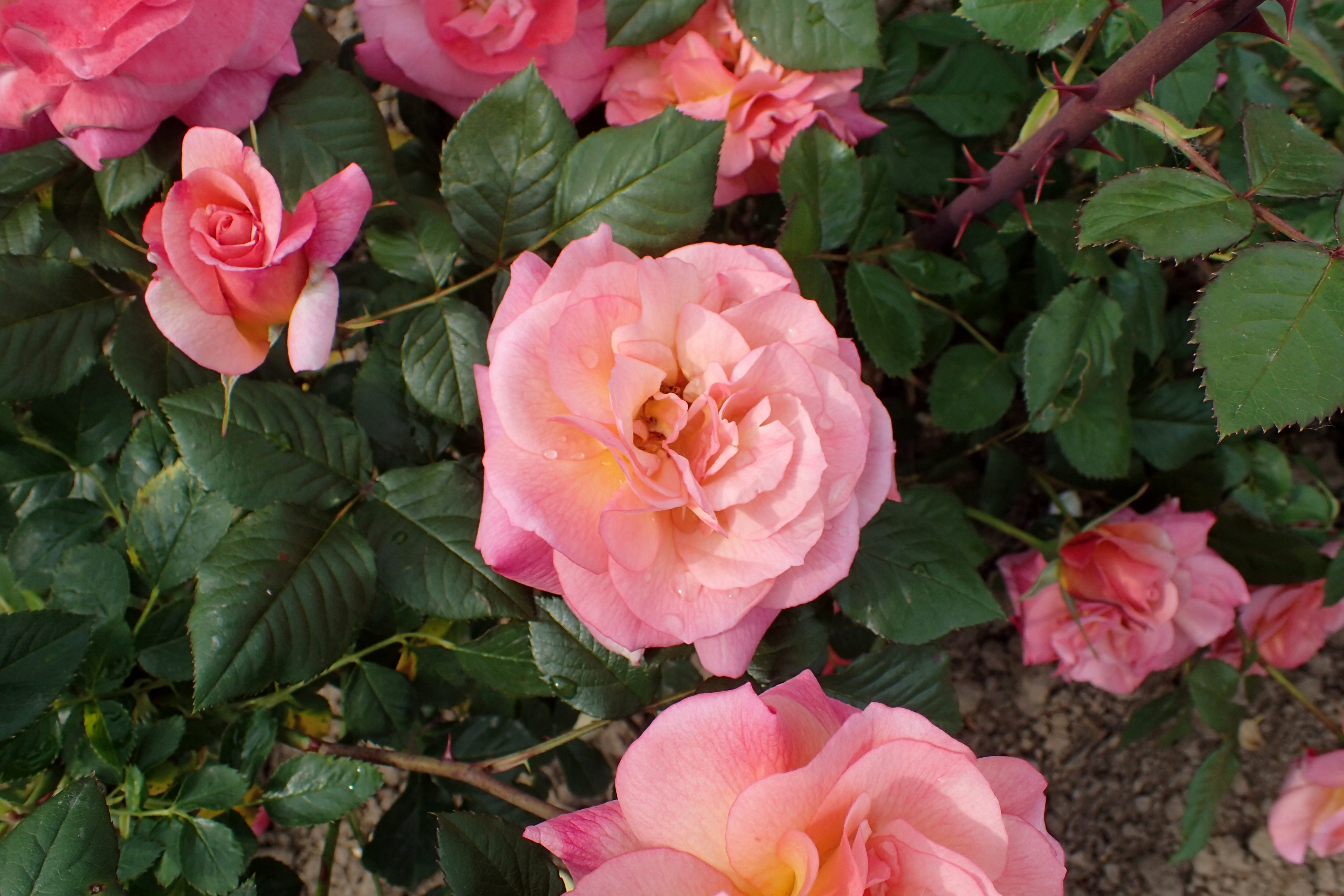
‘Bobravka’, Josef Urban, 1975
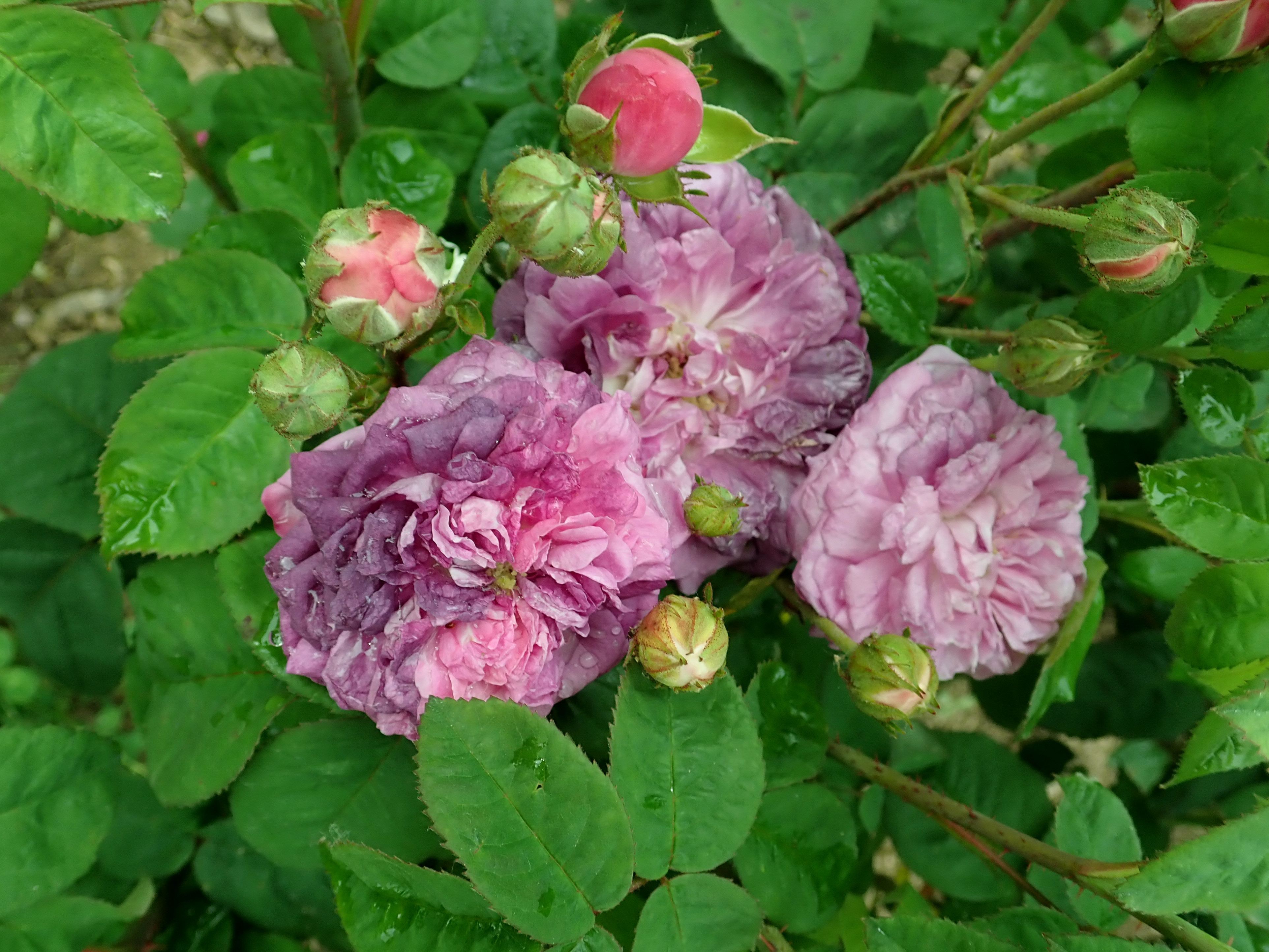
‘Böhmova Azurová’, Jan Böhm, 1934
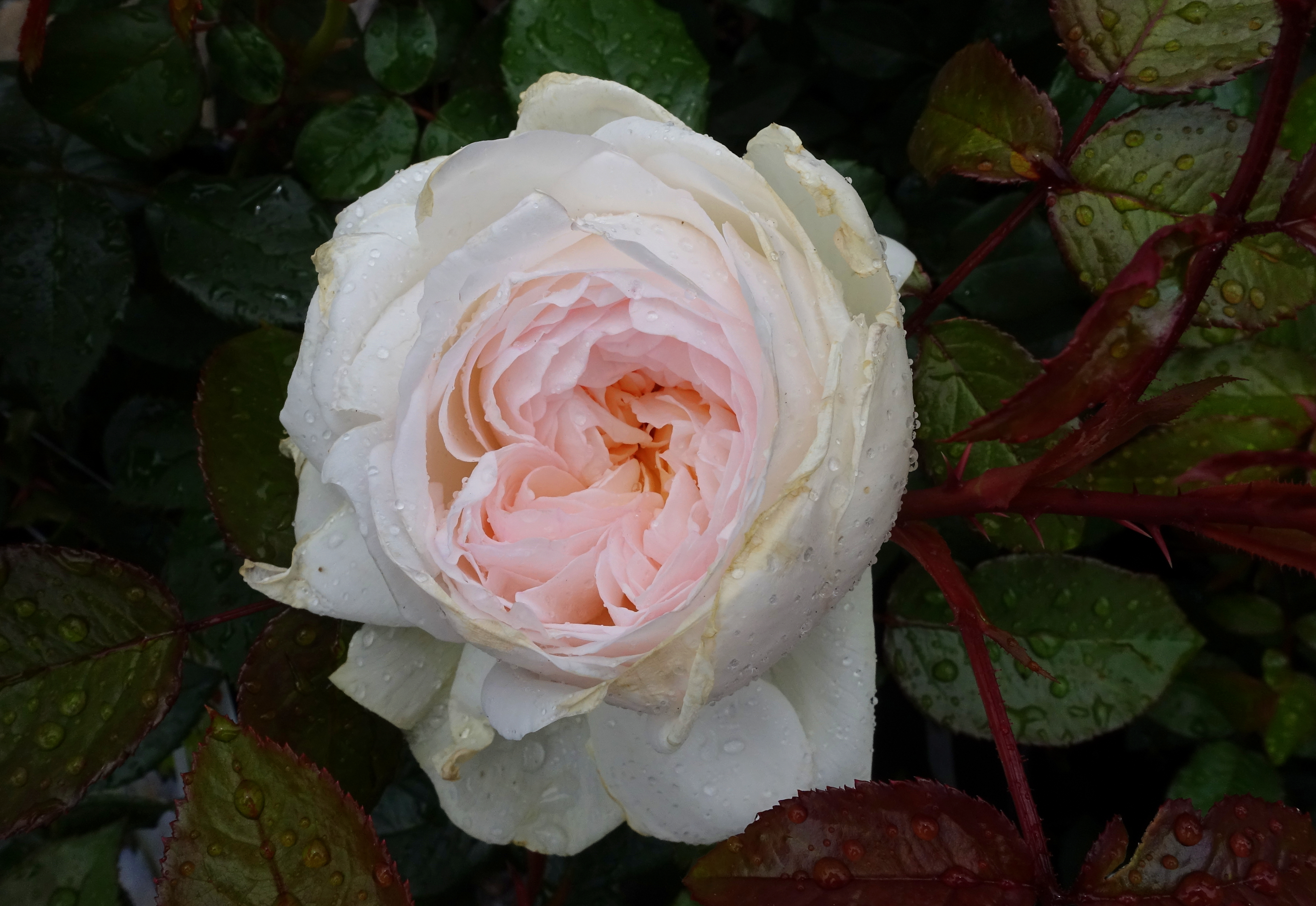
‘Bolero’, Jacques Mouchotte/Meilland, vor 2003/2004
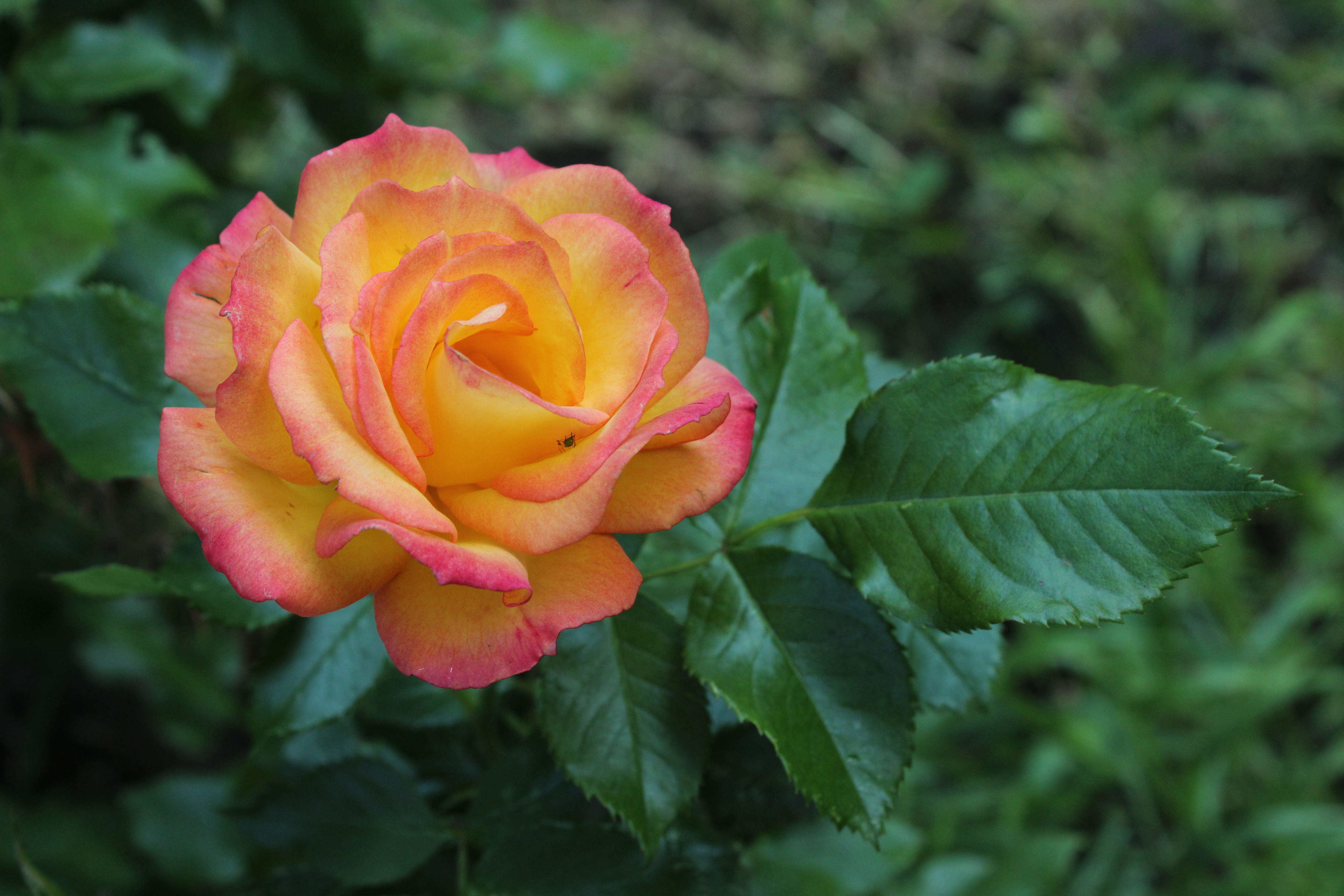
‘Bonanza’, Kordes, 1983
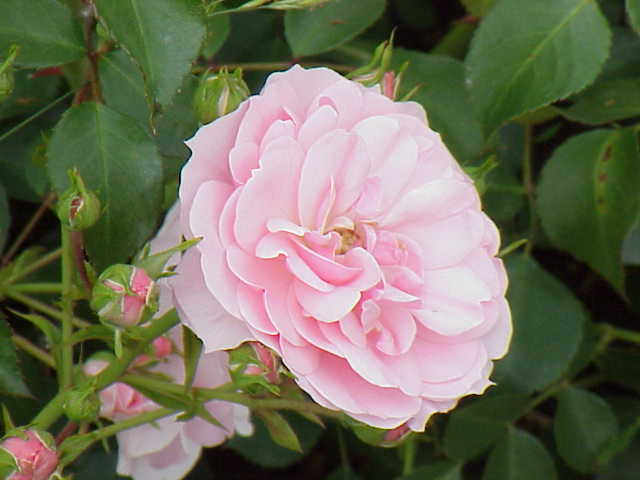
‘Bonica ’82’, Meilland, 1982
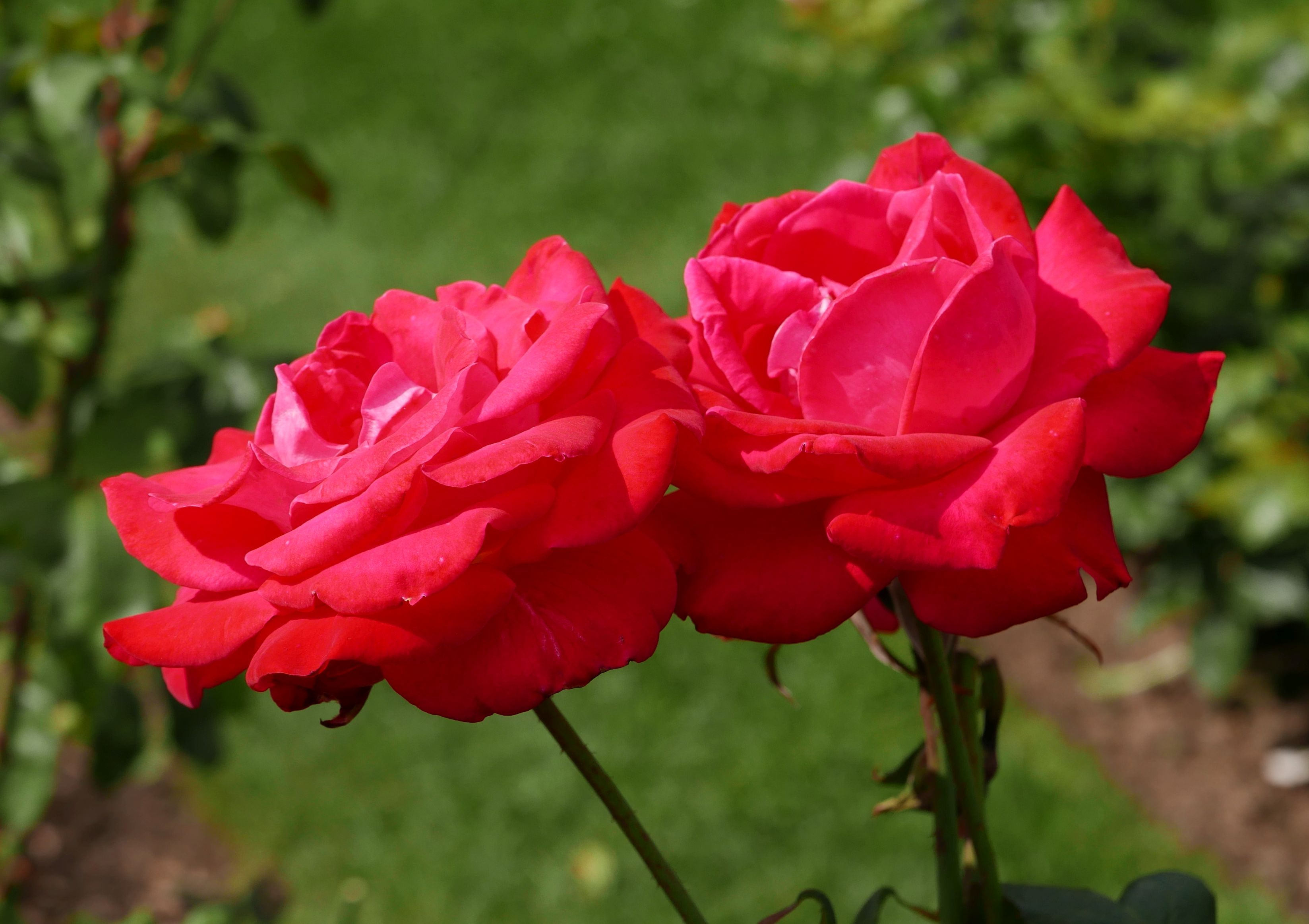
‘Bonjour’, VEB Baumschulen Dresden, 1979
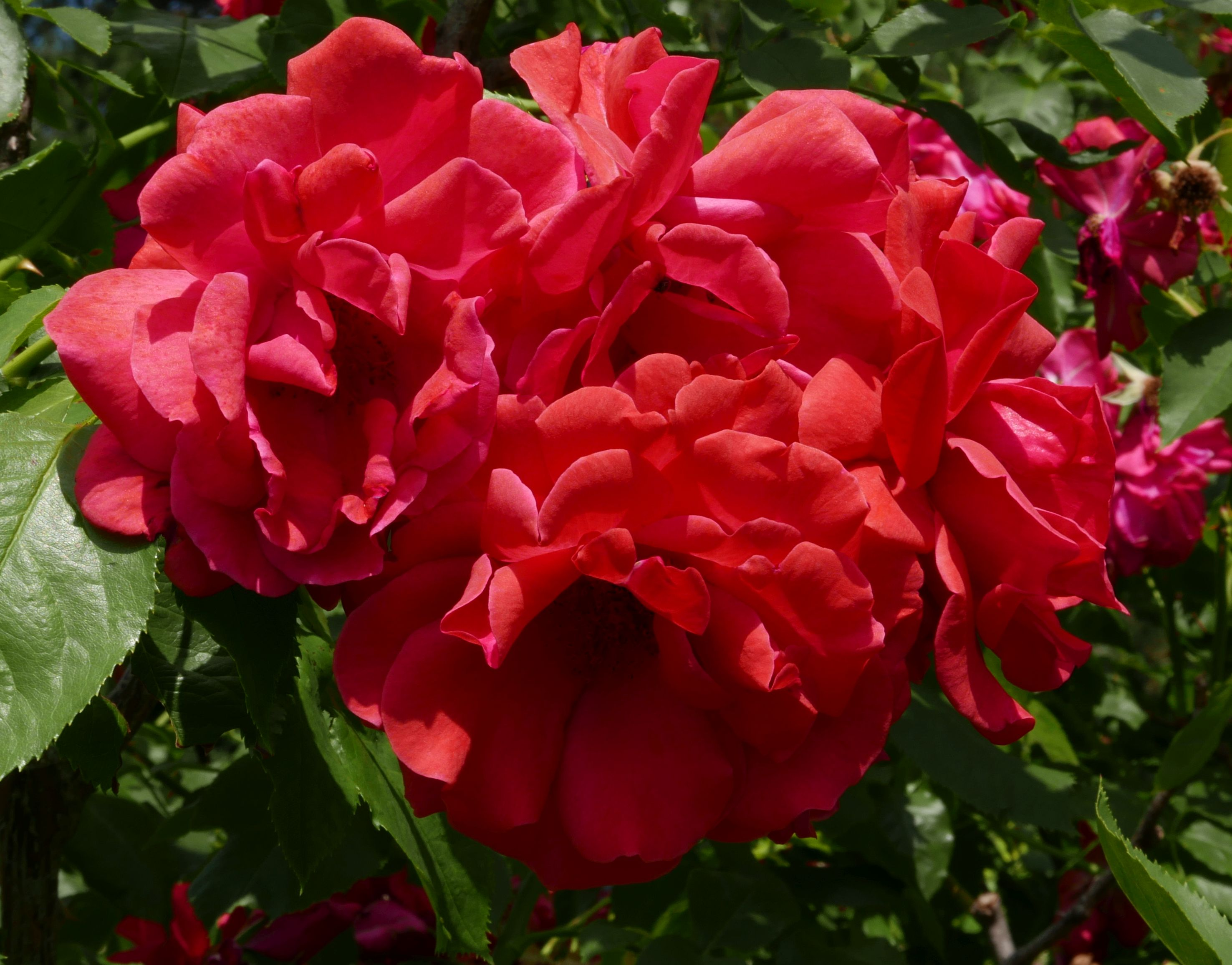
‘Bonn’, Kordes, 1950
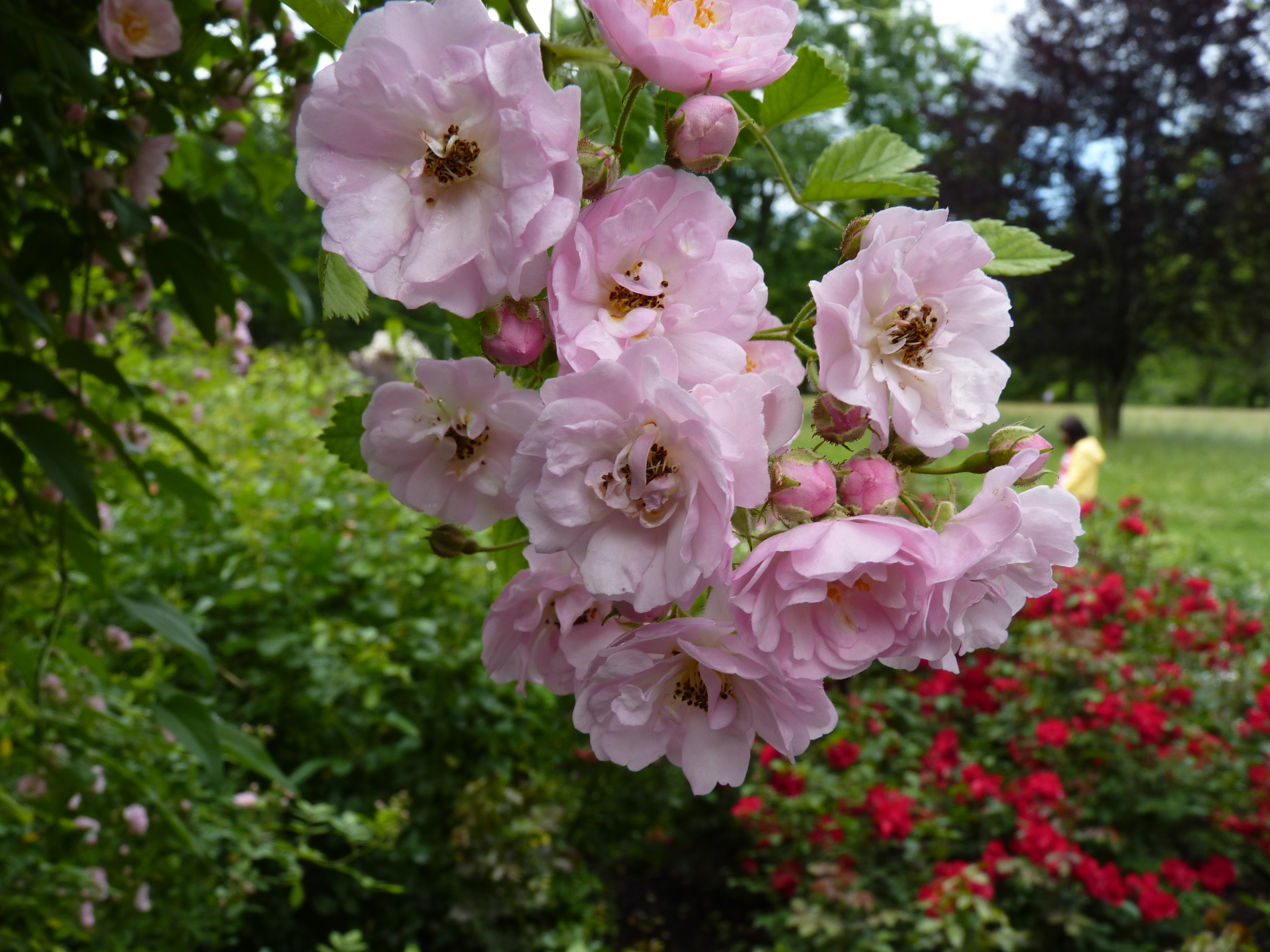
‘Bonny’, Nieborg/Kordes, 1996
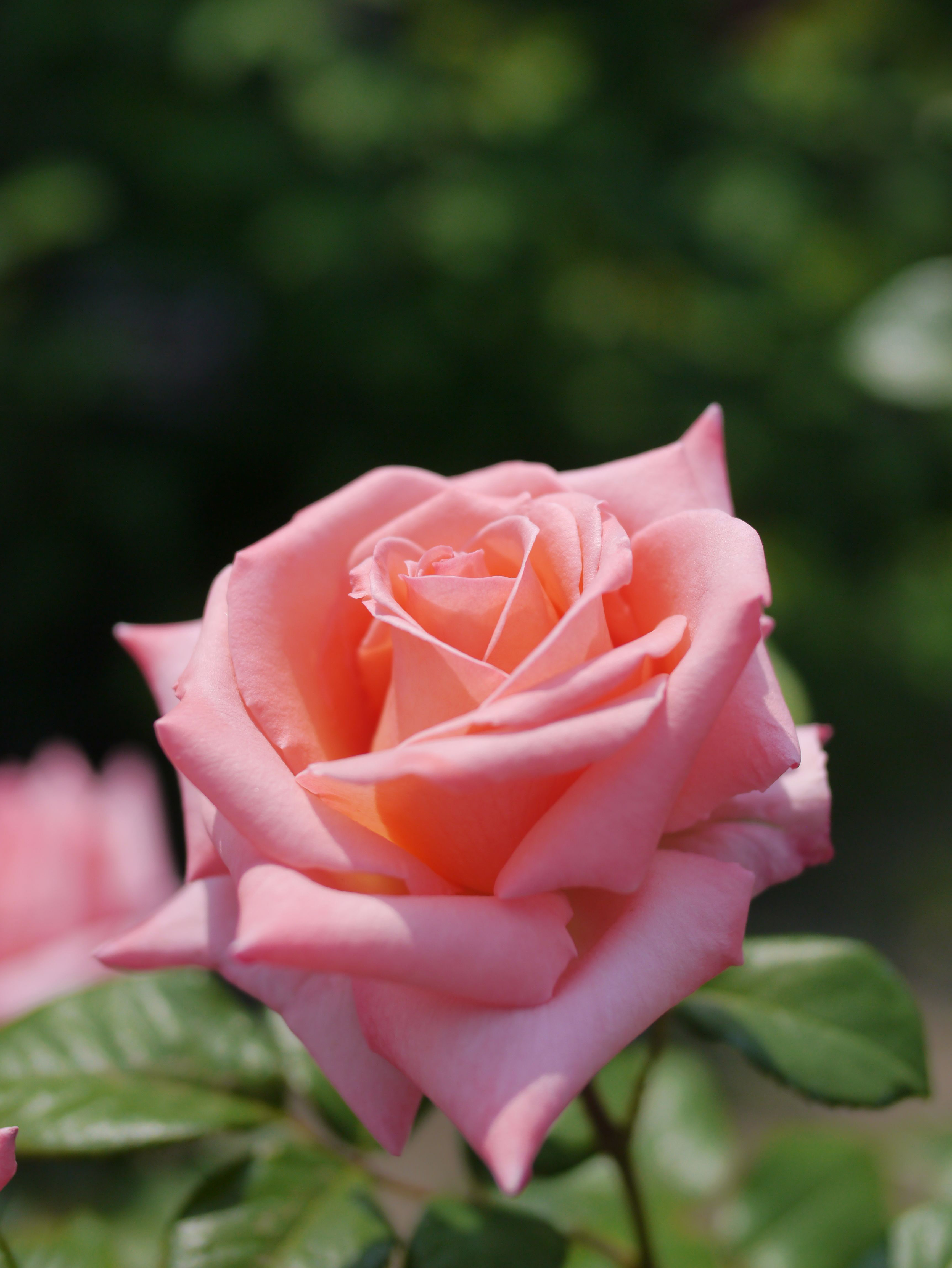
‘Bonsoir’, Patrick Dickson, 1968
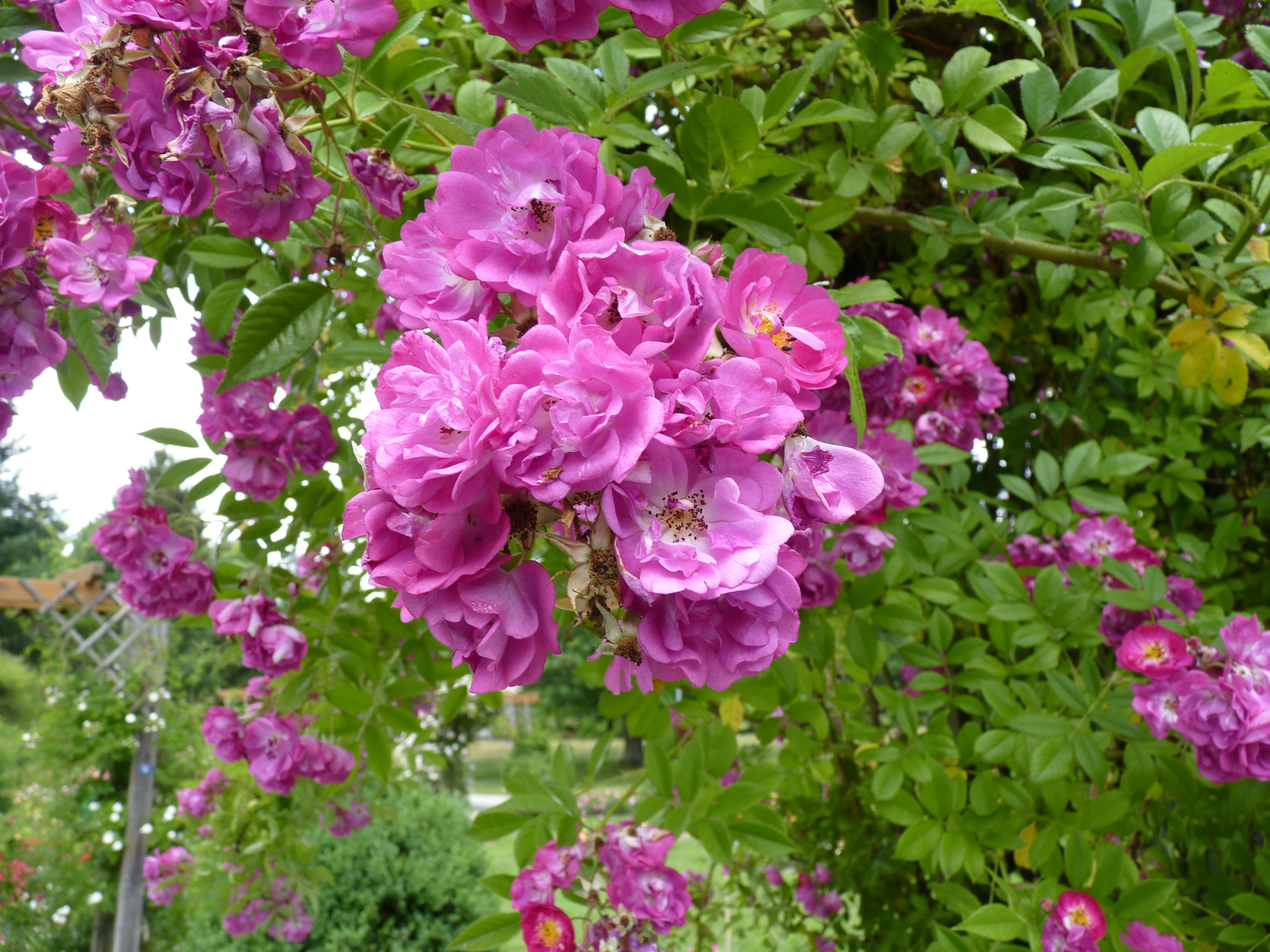
‘Bordeaux’, Soupert & Notting, 1908
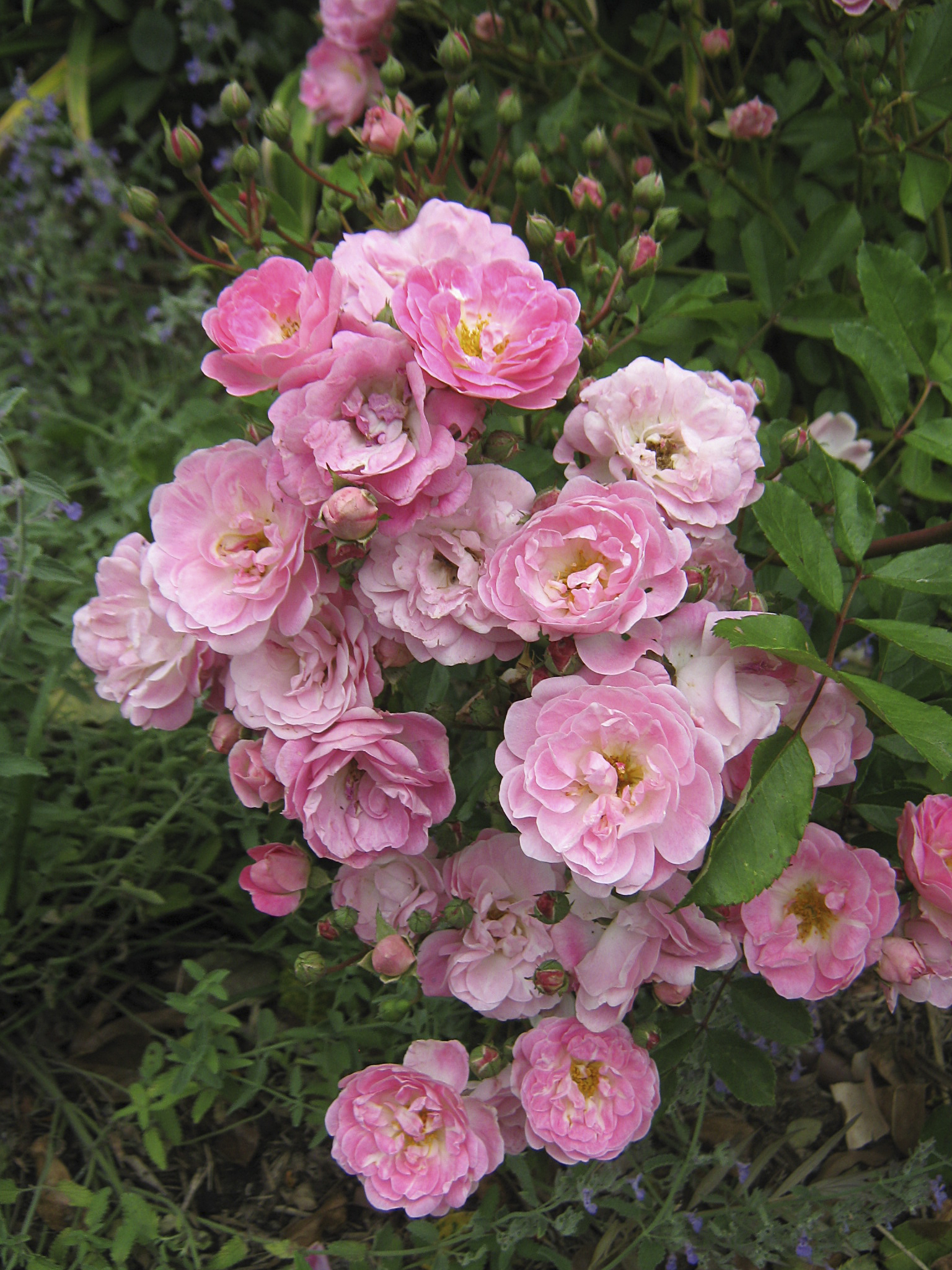
‘Borderer’, Alister Clark, 1918
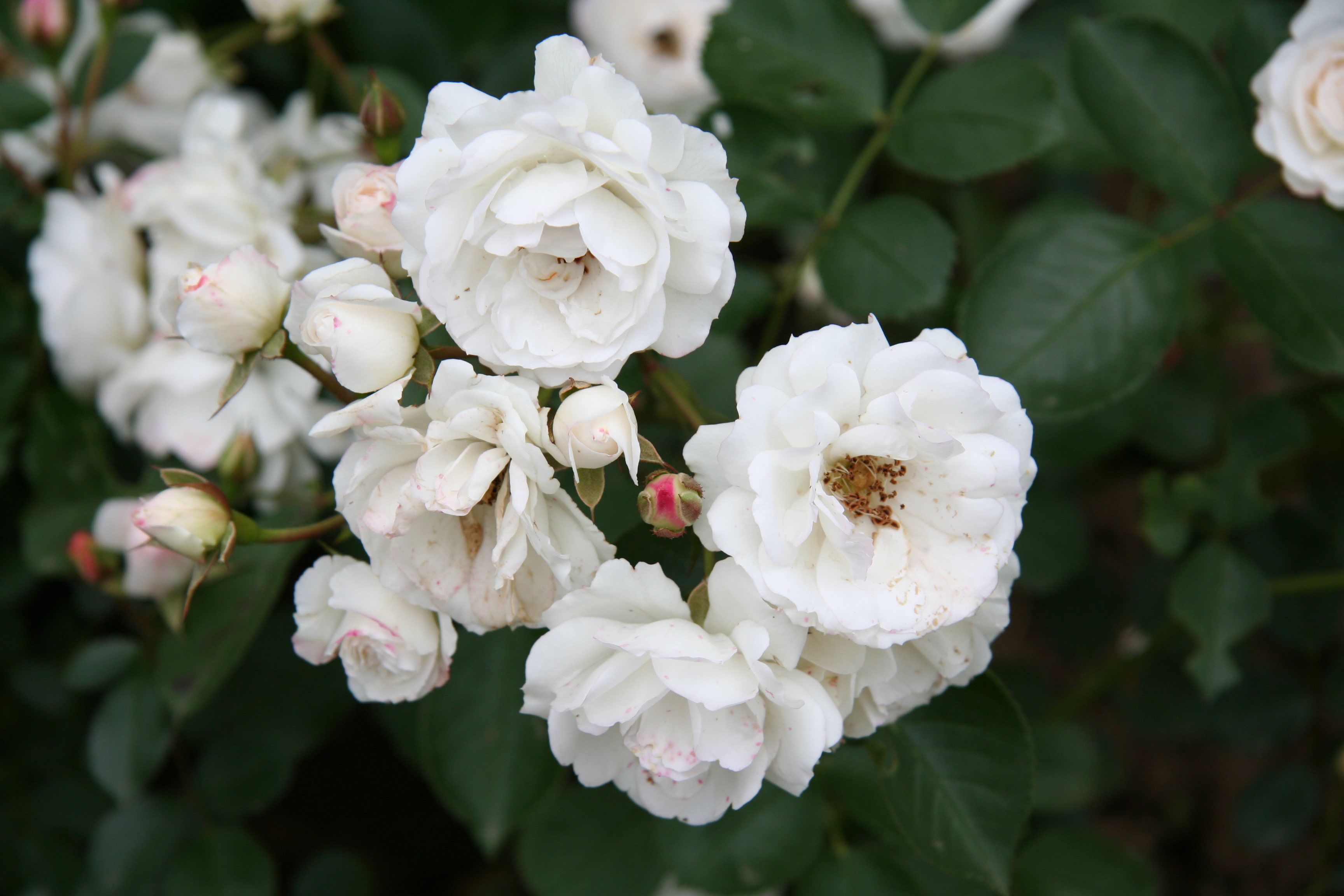
‘Bordure Blanche’,  Delbard, 1991
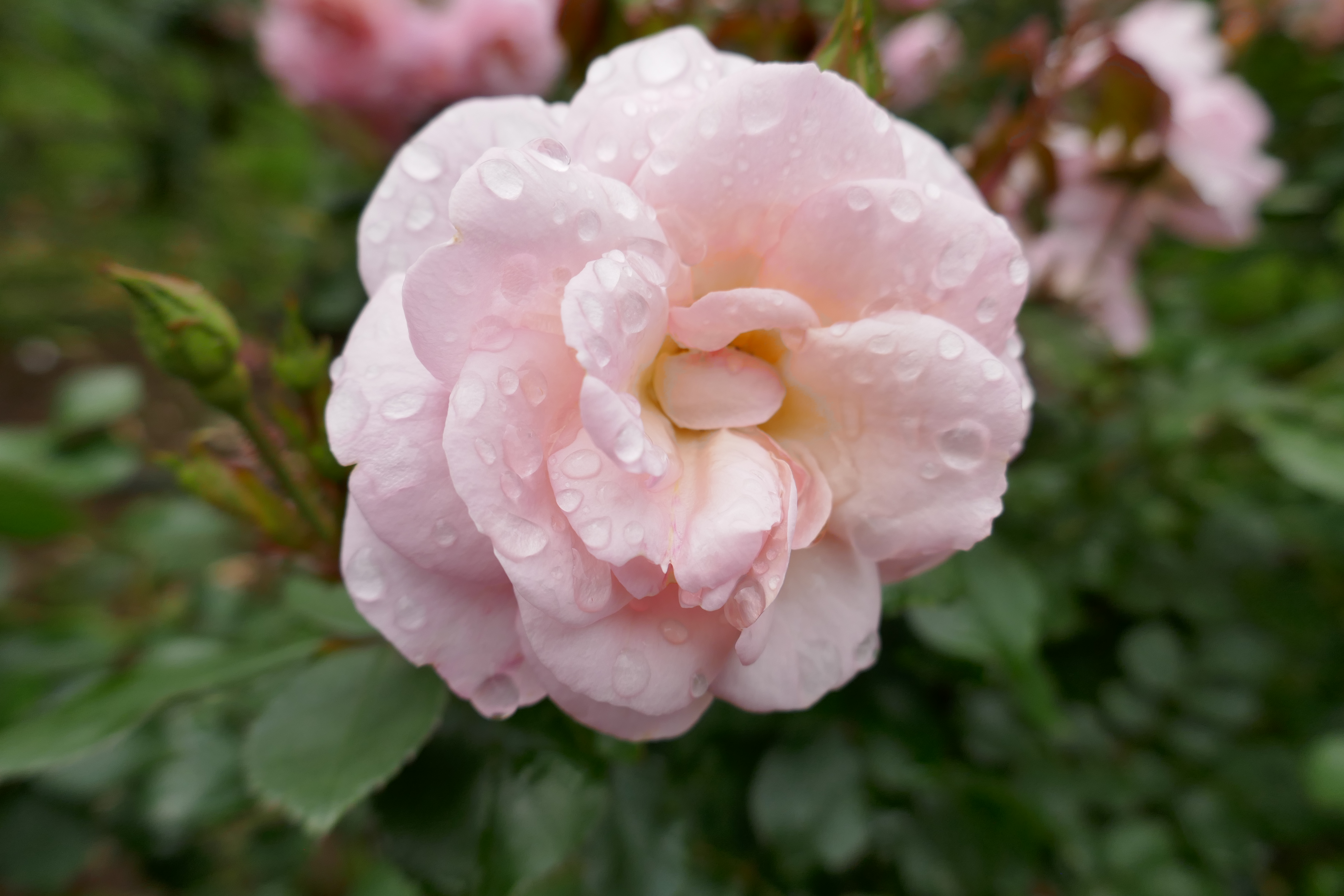
‘Bordure Nacrée’, Delbard, 1973
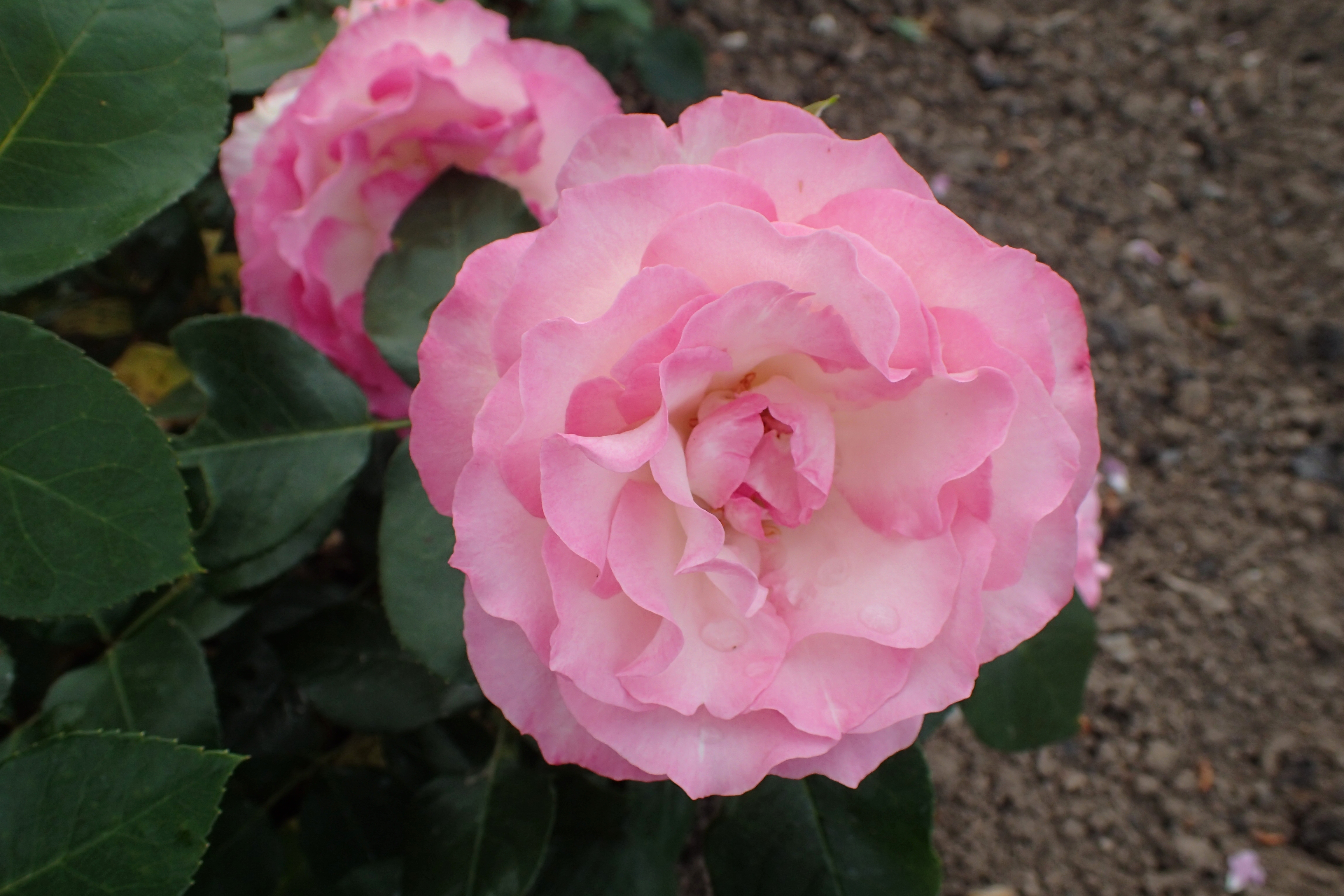
‘Bordure Rose’, Delbard, vor 1971
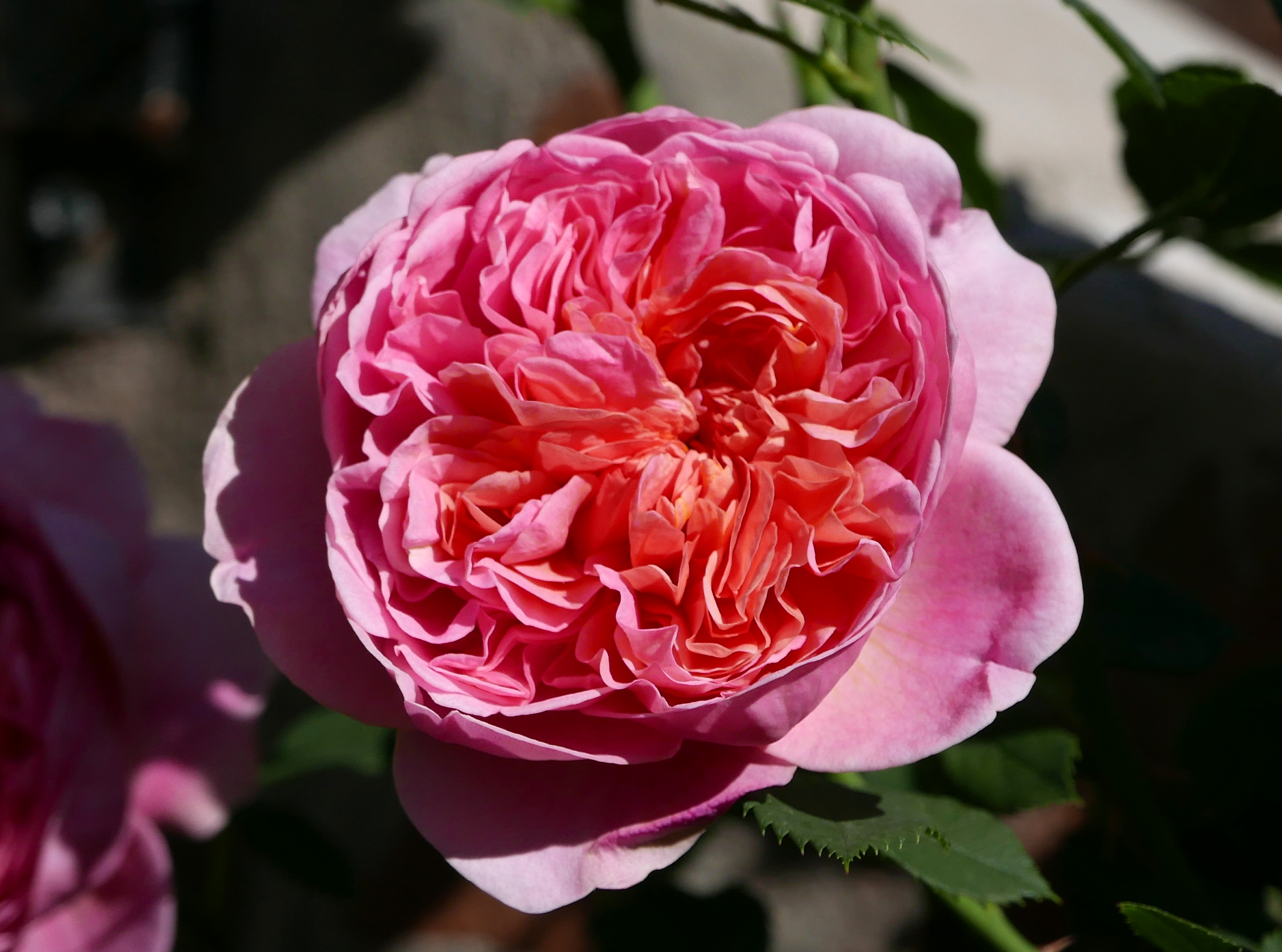
‘Boscobel’, Austin 2012
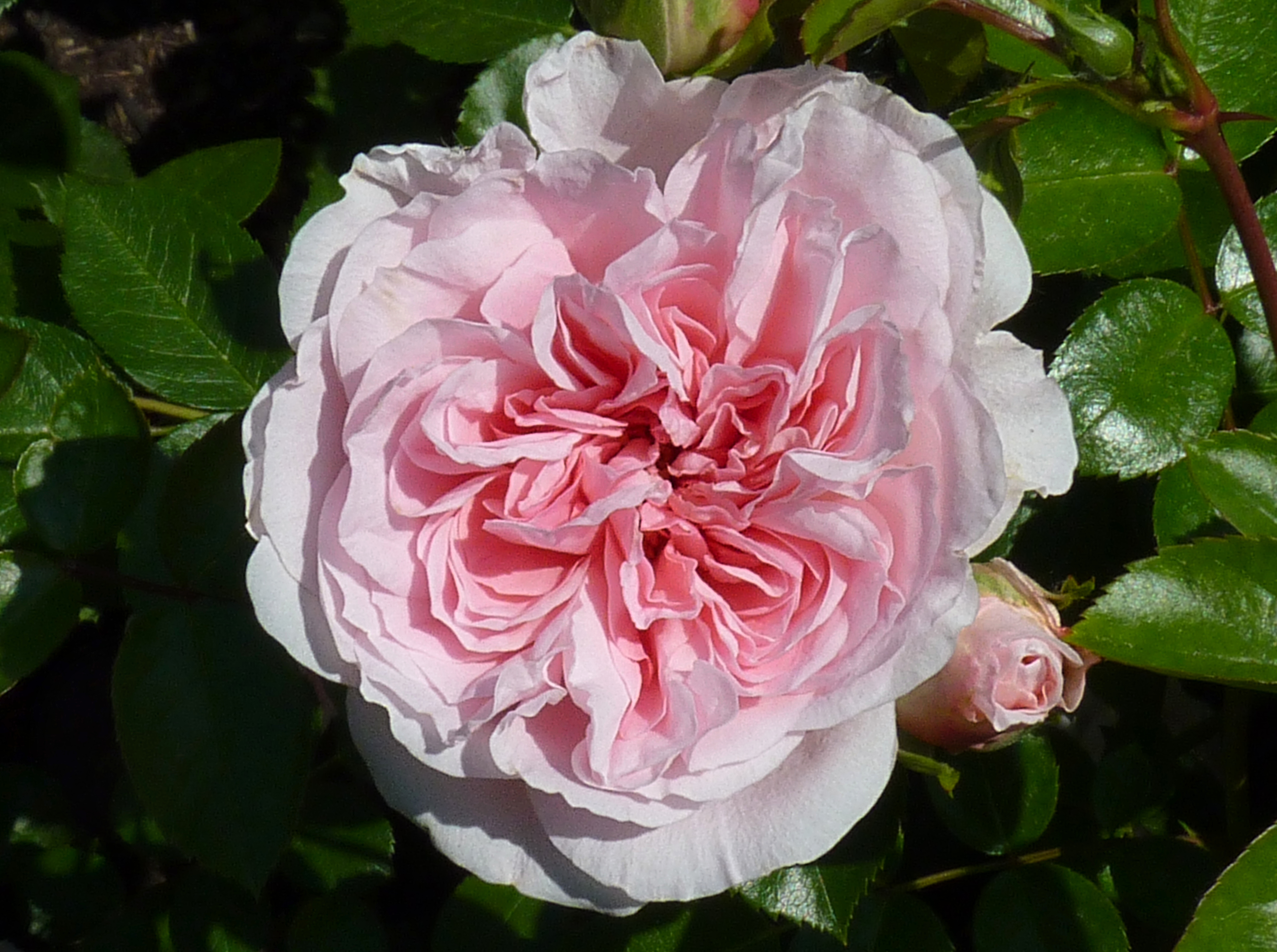
‘Bossanova’ (auch: ‘Meine Oma’, ‘Granny’, ‘The Faun’), Olesen/Poulsen, 1990
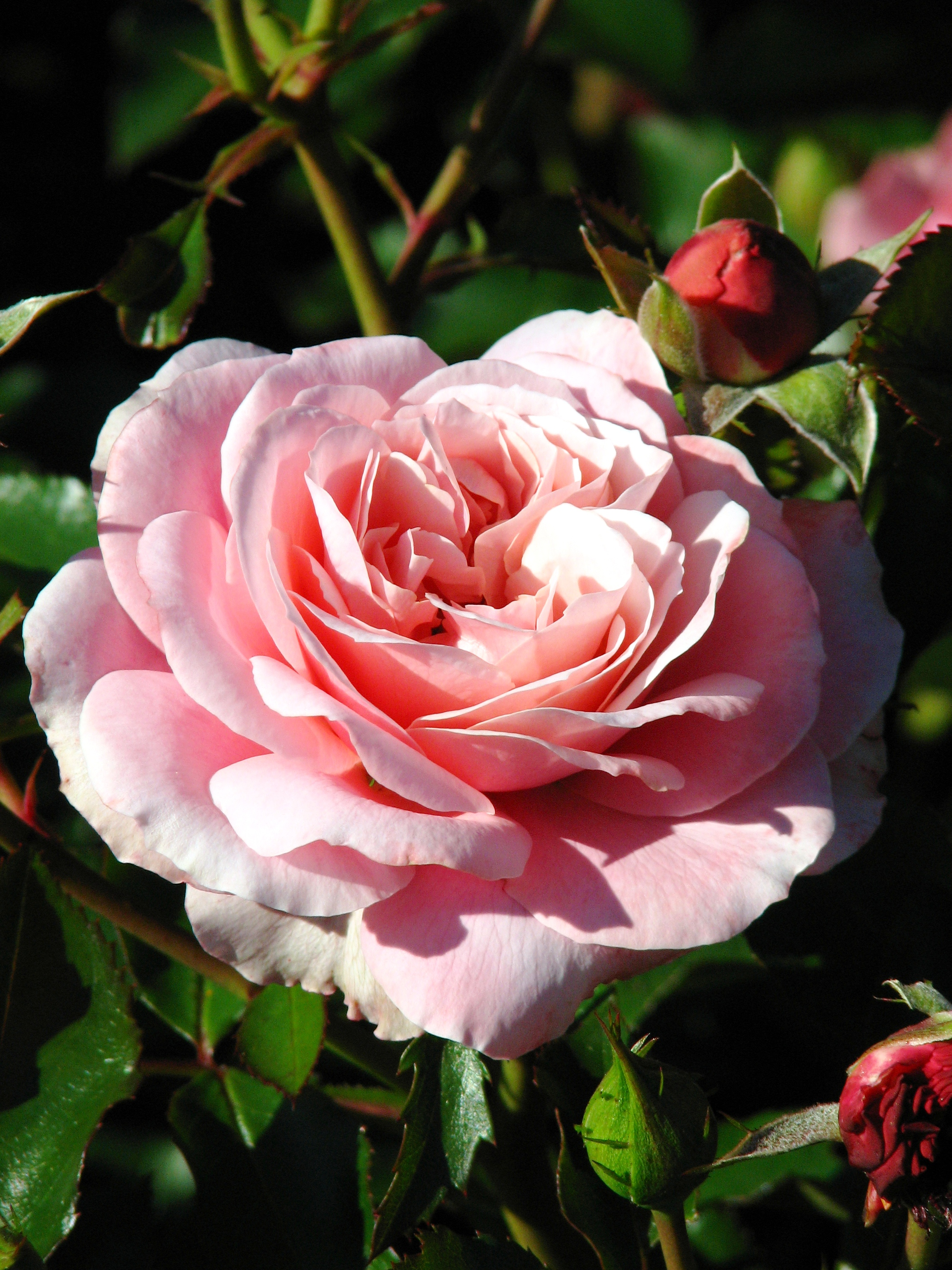
‘Botticelli’, Meilland, vor 2003
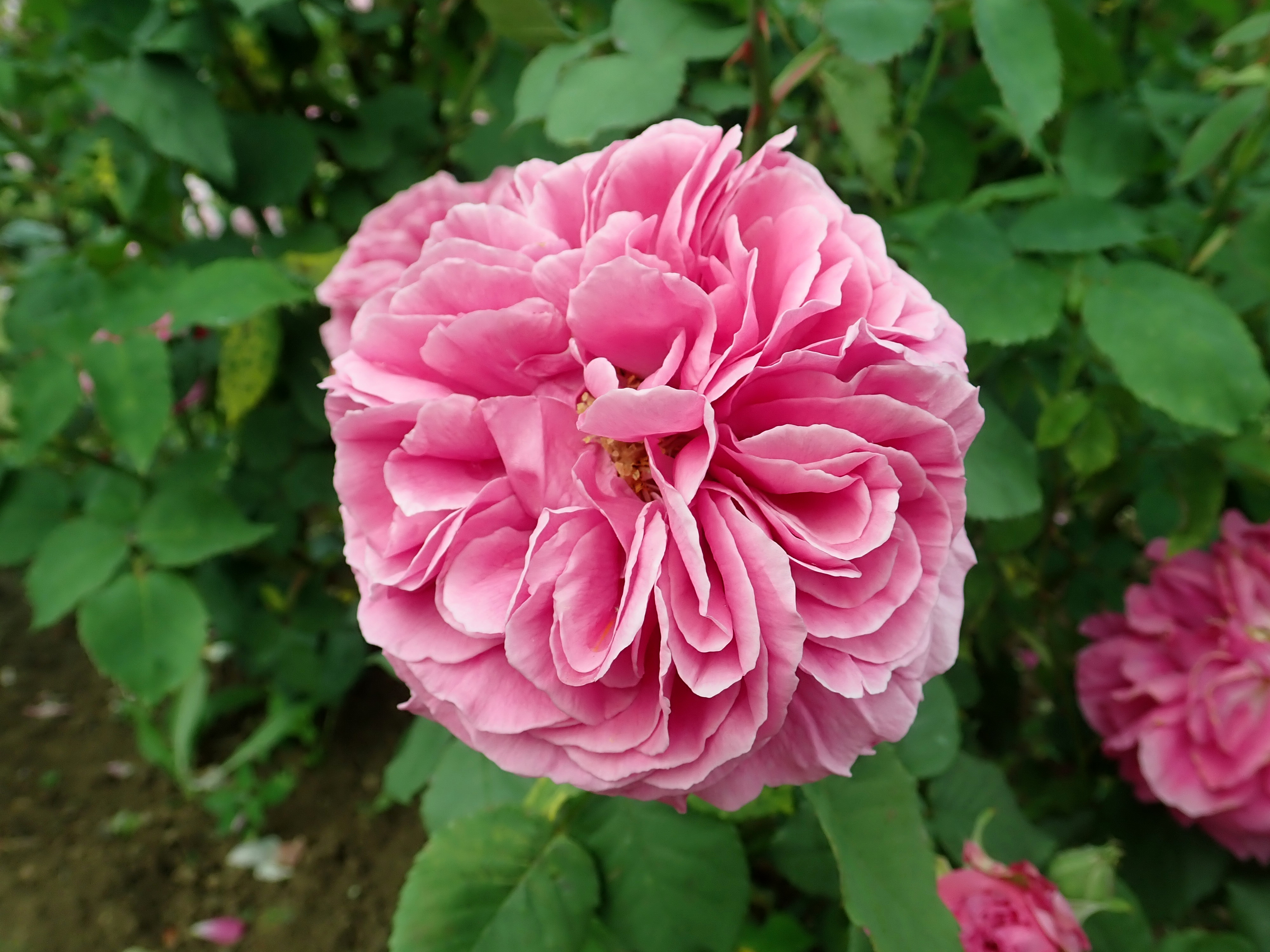
‘Bouquet de Flore’, Bizard, 1833
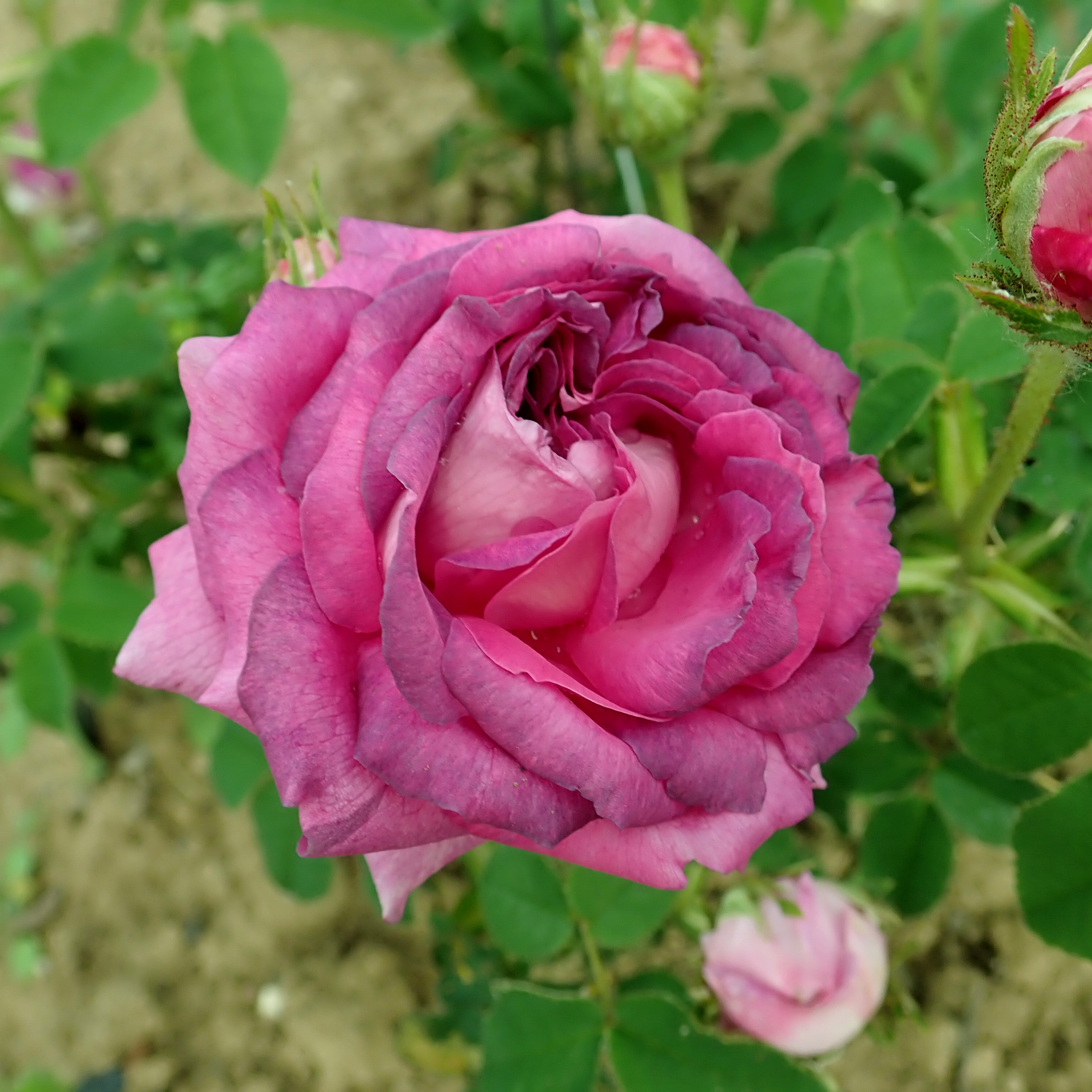
‘Boule de Nanteuil’, Pierre Jean Louis Roëser, 1834
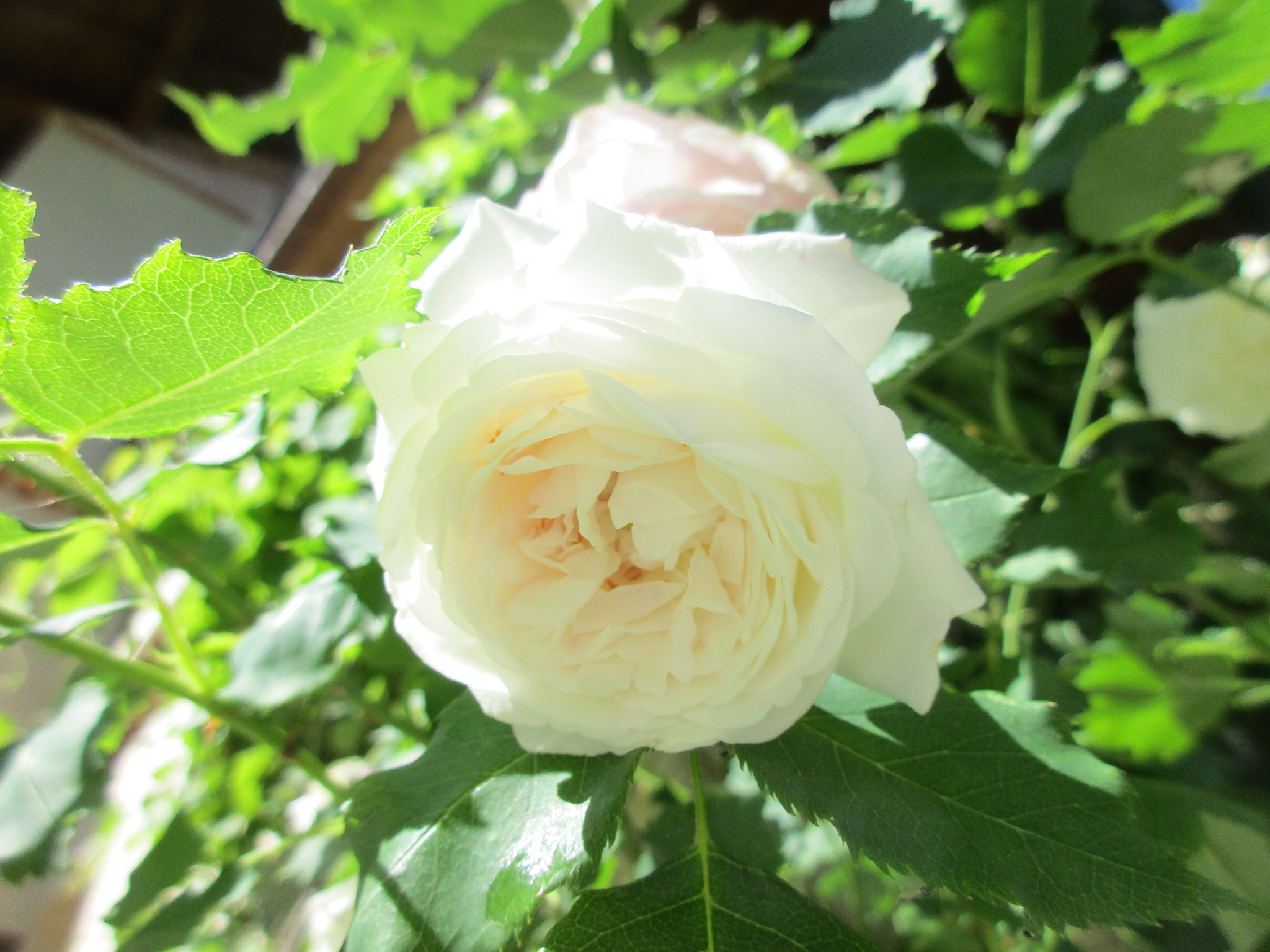
‘Boule de Neige’, François Lacharme, 1867
‘Bouquet d’Or’, Ducher, 1872
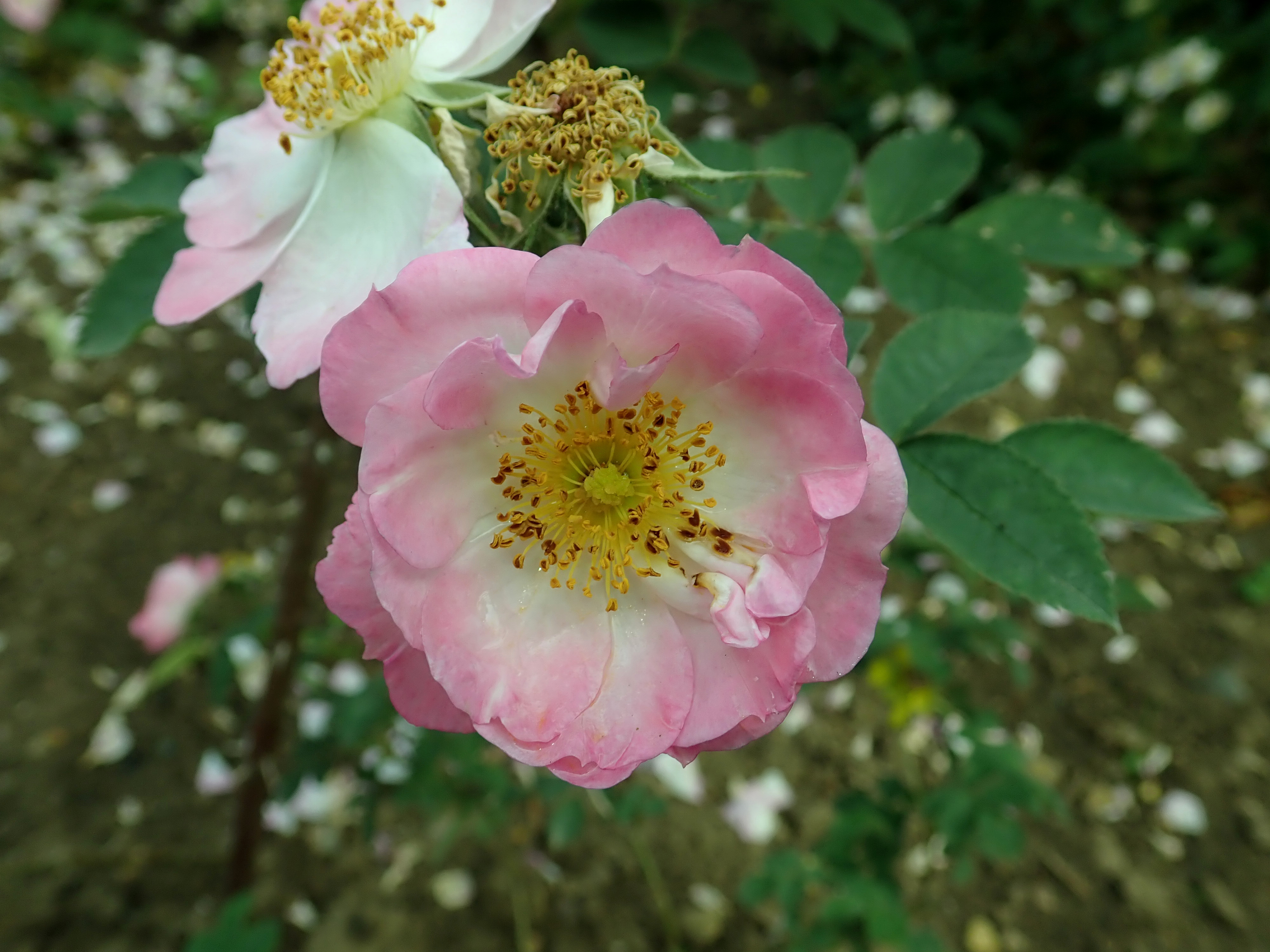
‘Bouquet Fait’, Louis Lens, 1985
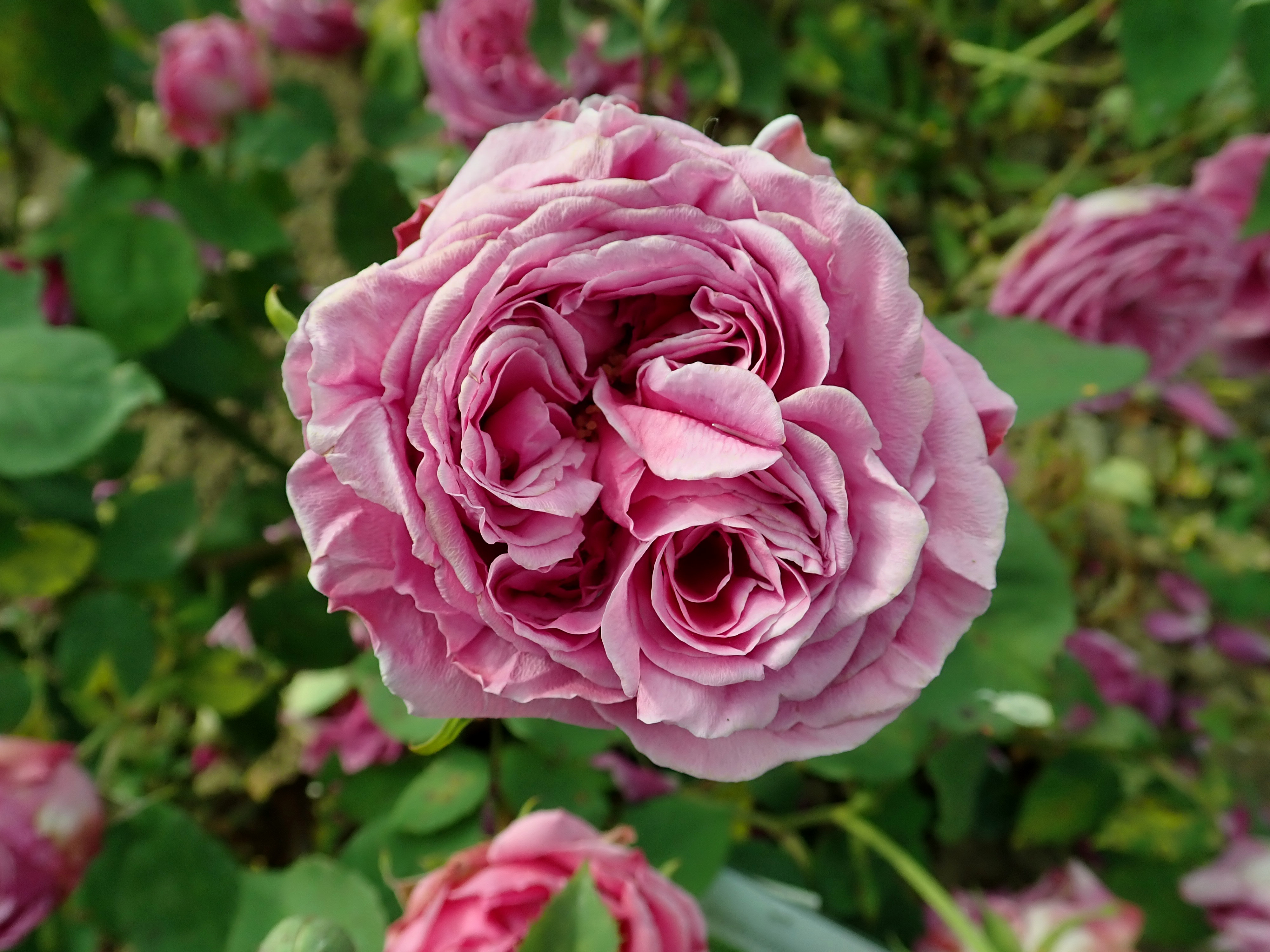
‘Bourbon Rose’ (Rosa × borboniana), vor 1819
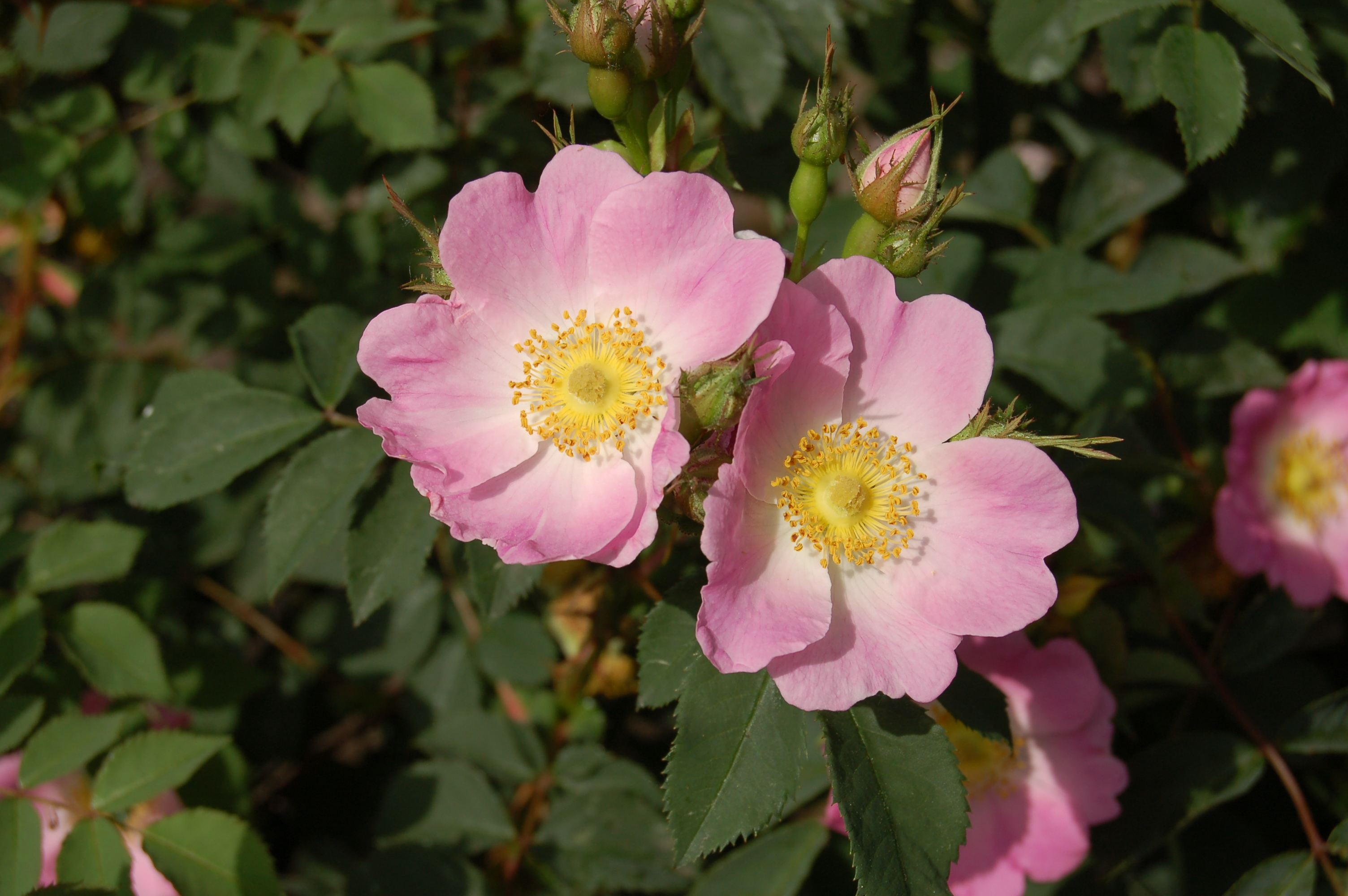
‘Bourgogne’, Interplant, 1983
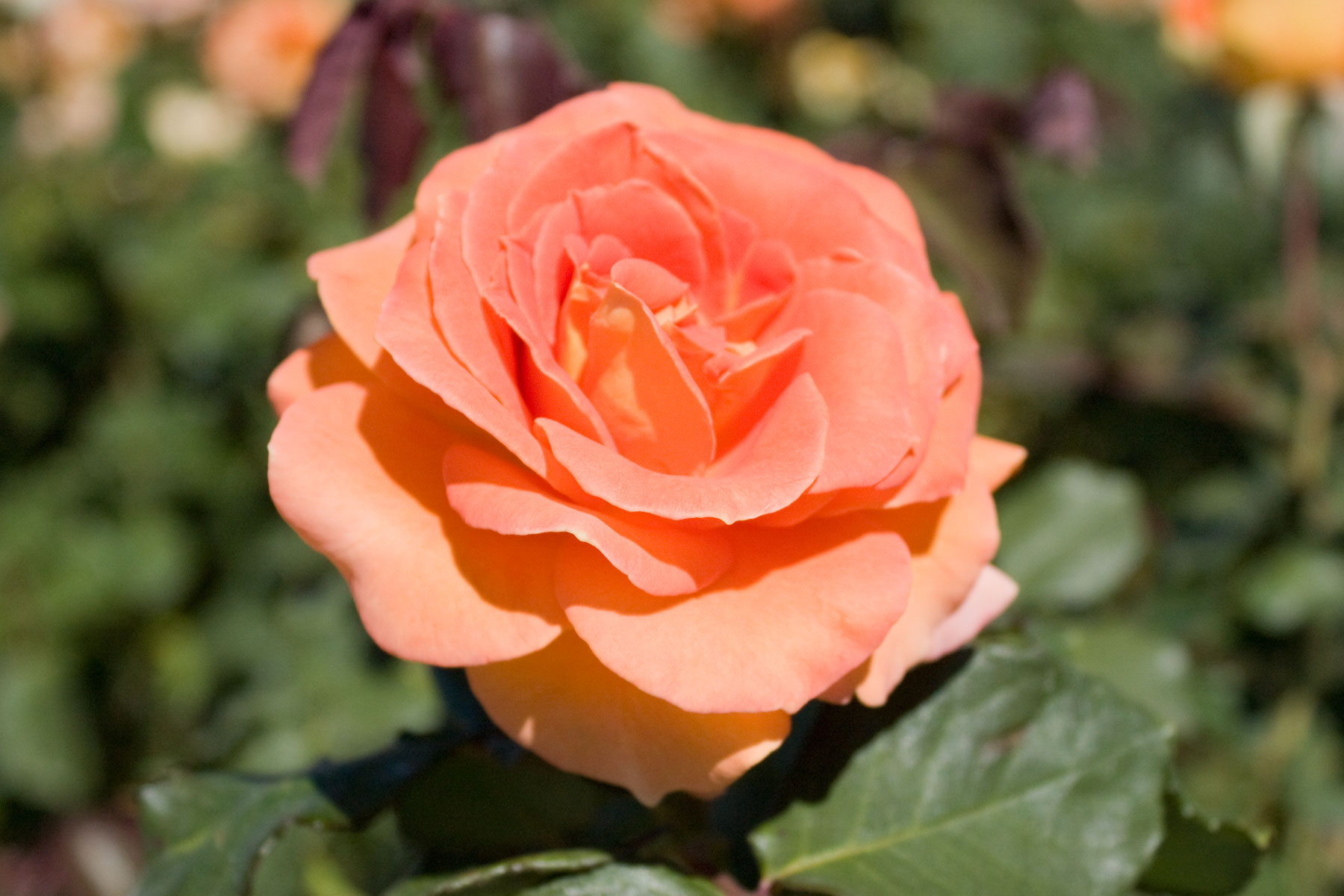
‘Brass Band’, Christensen, 1993
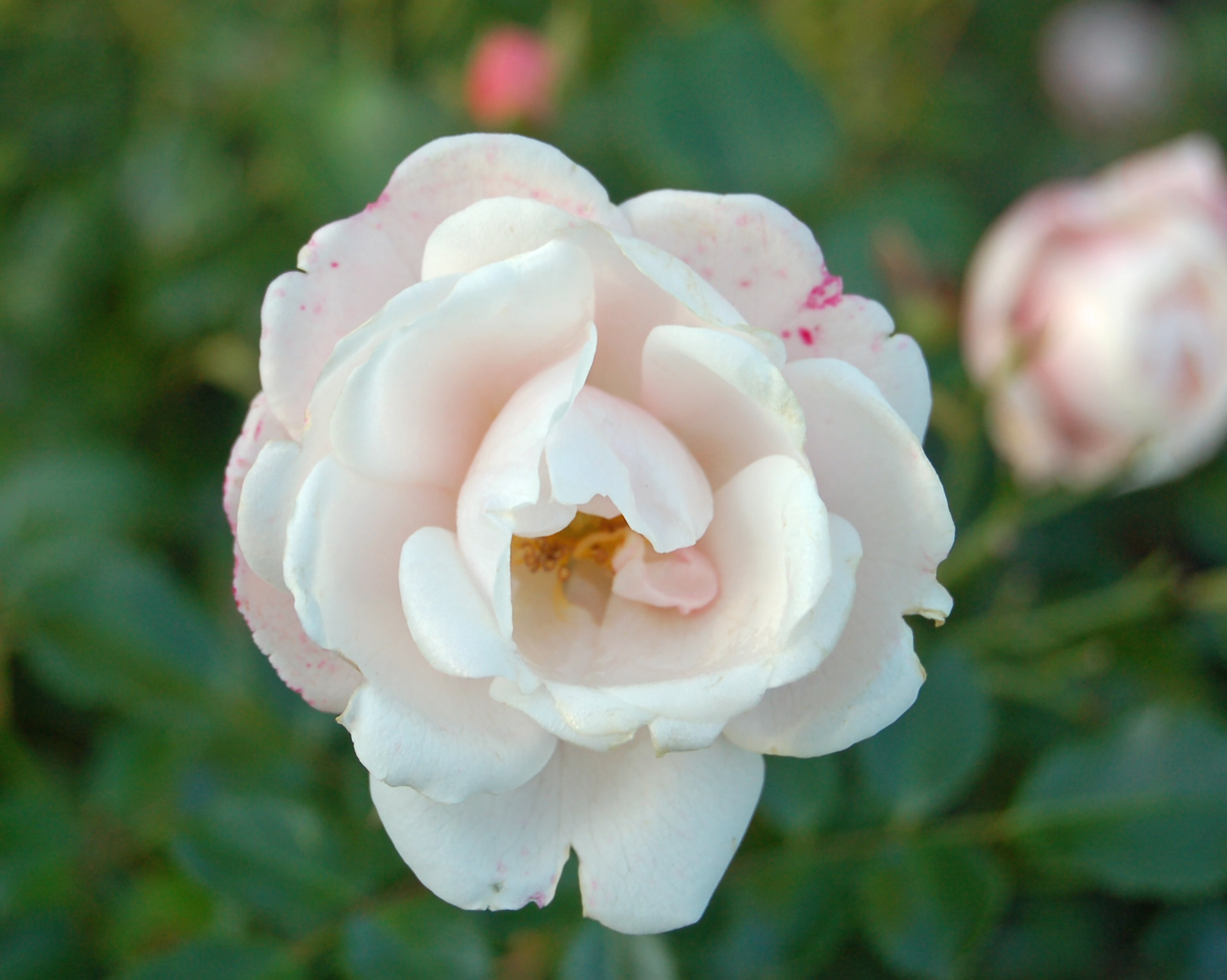
‘Brautzauber’, Noack, 1999
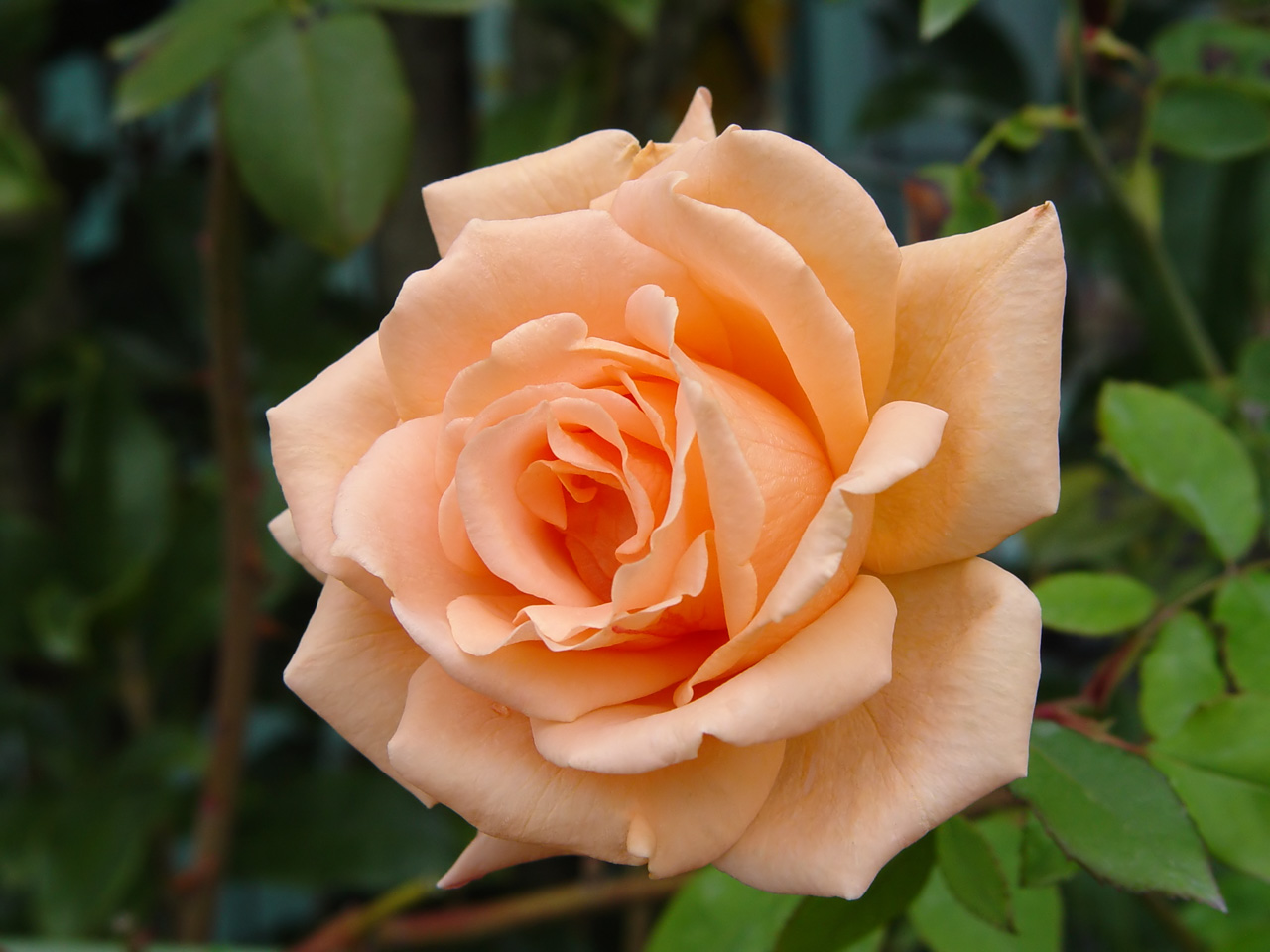
‘Breath of Life’, Harkness, 1980
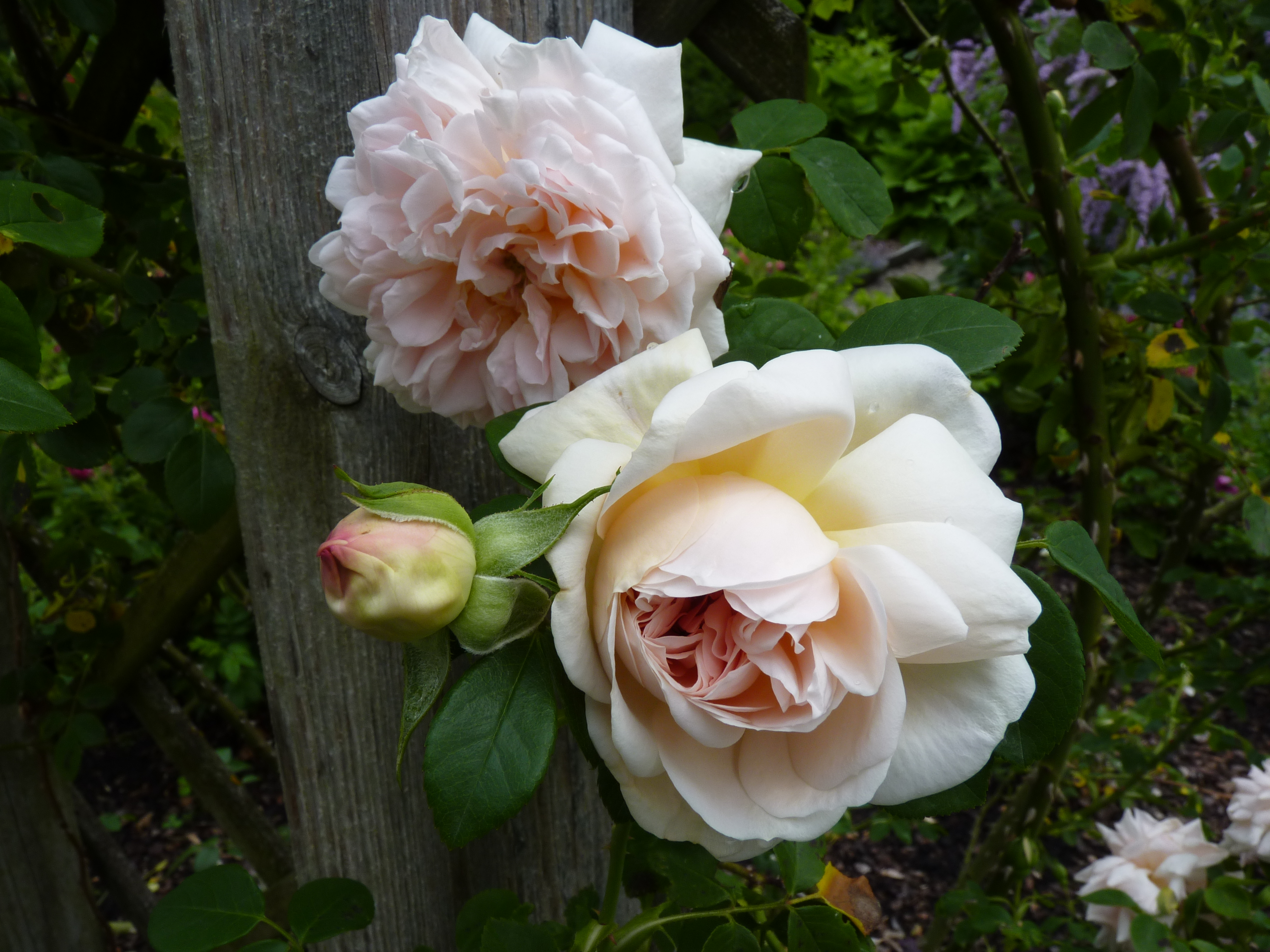
‘Breeze Hill’, Van Fleet, 1926
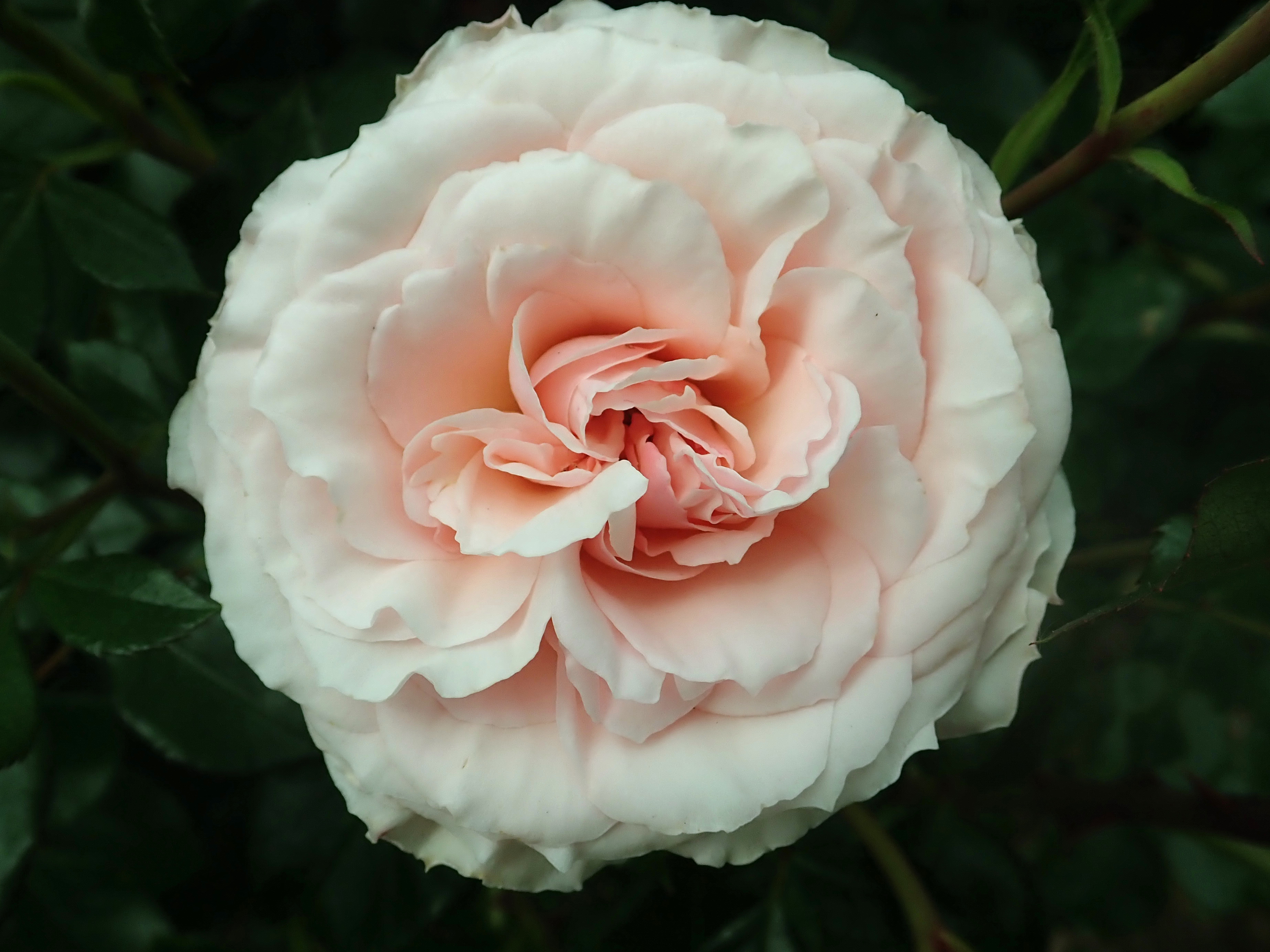
‘Bremer Stadt- musikanten’, Kordes, 2000
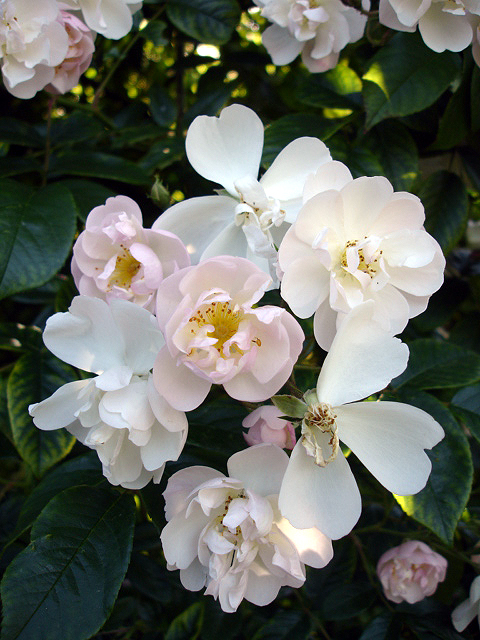
‘Brenda Colvin’, Colvin, 1970
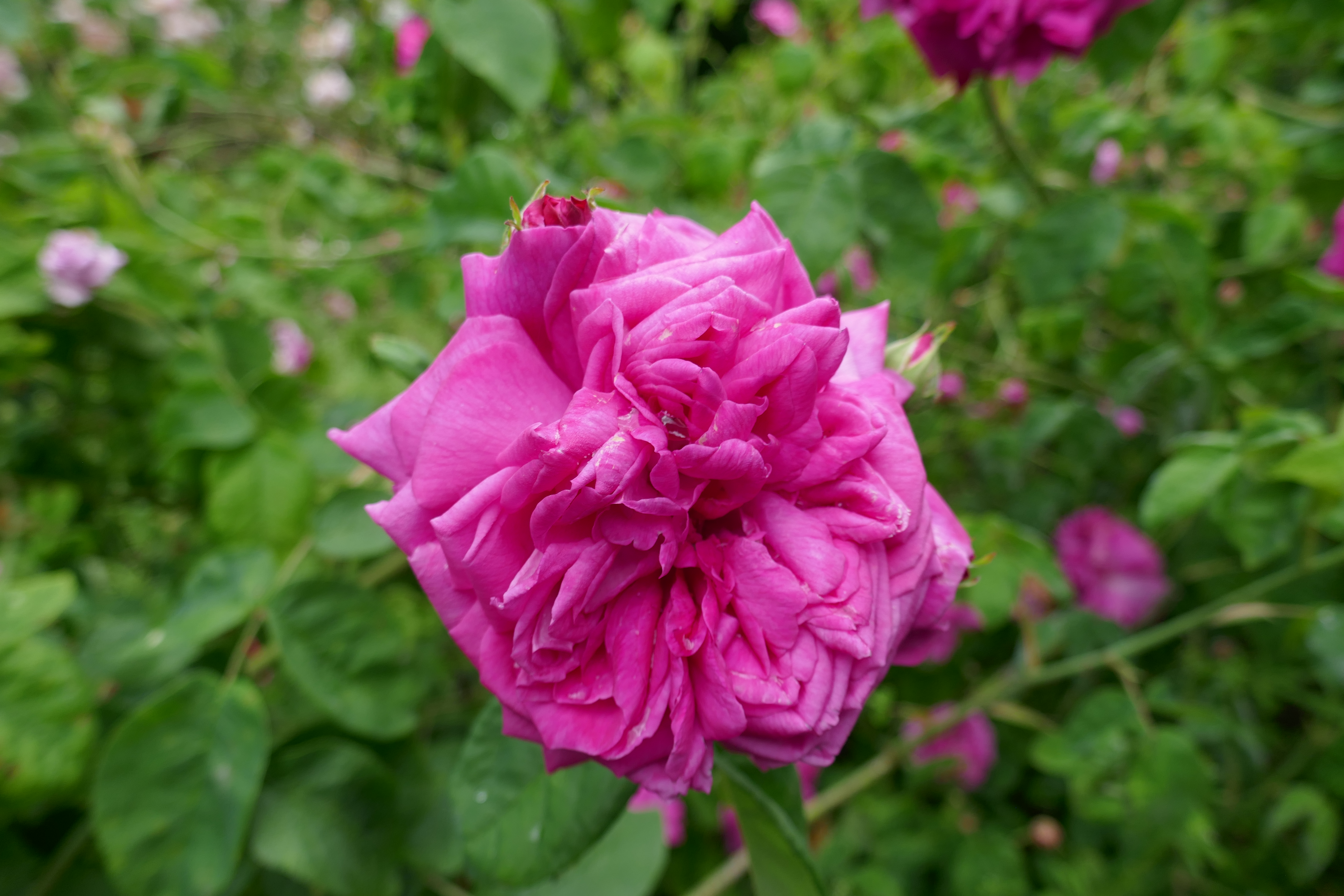
‘Brennus’, Jean Laffay, 1830
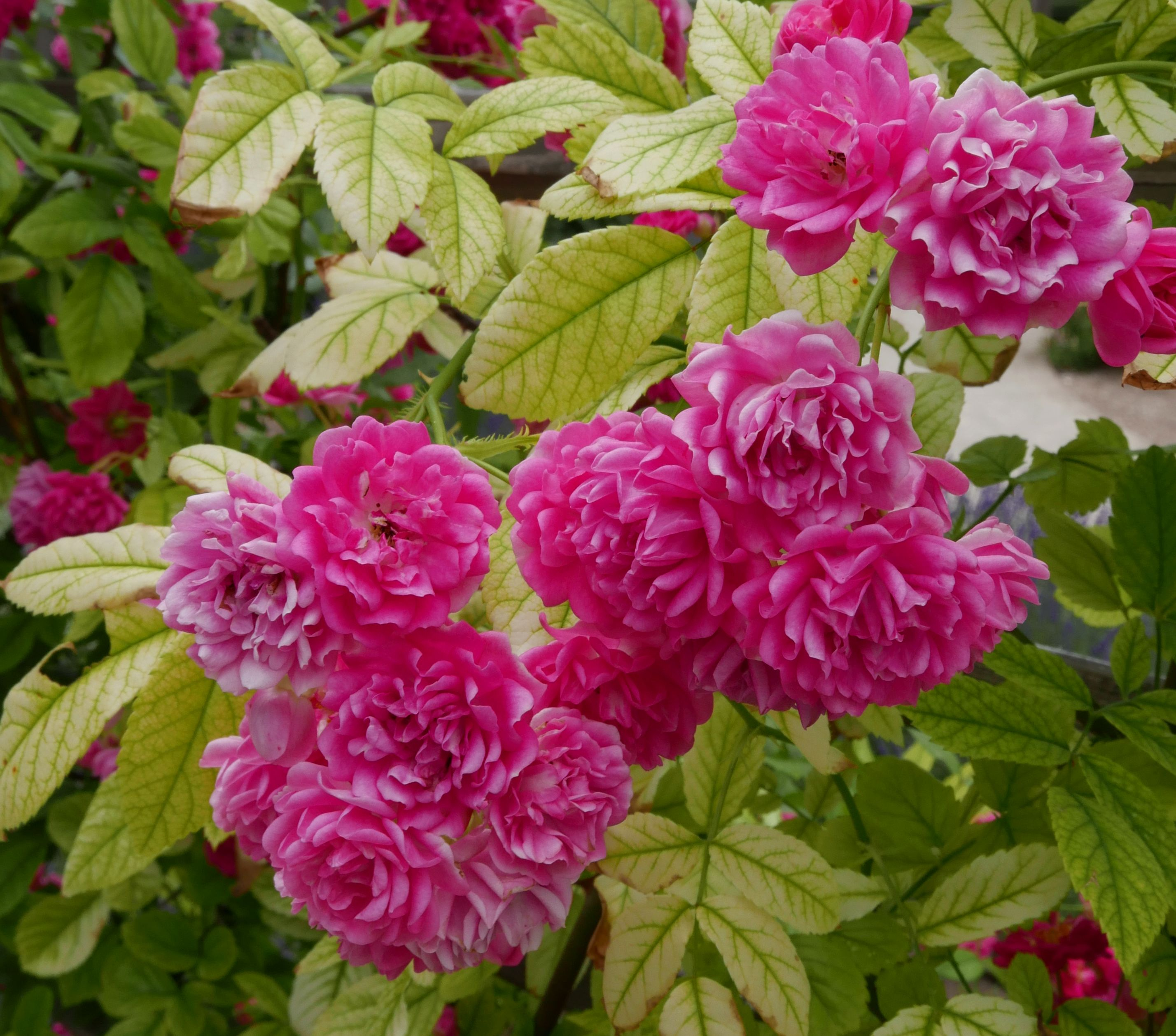
‘Brewood Belle’, Scarman, 1995
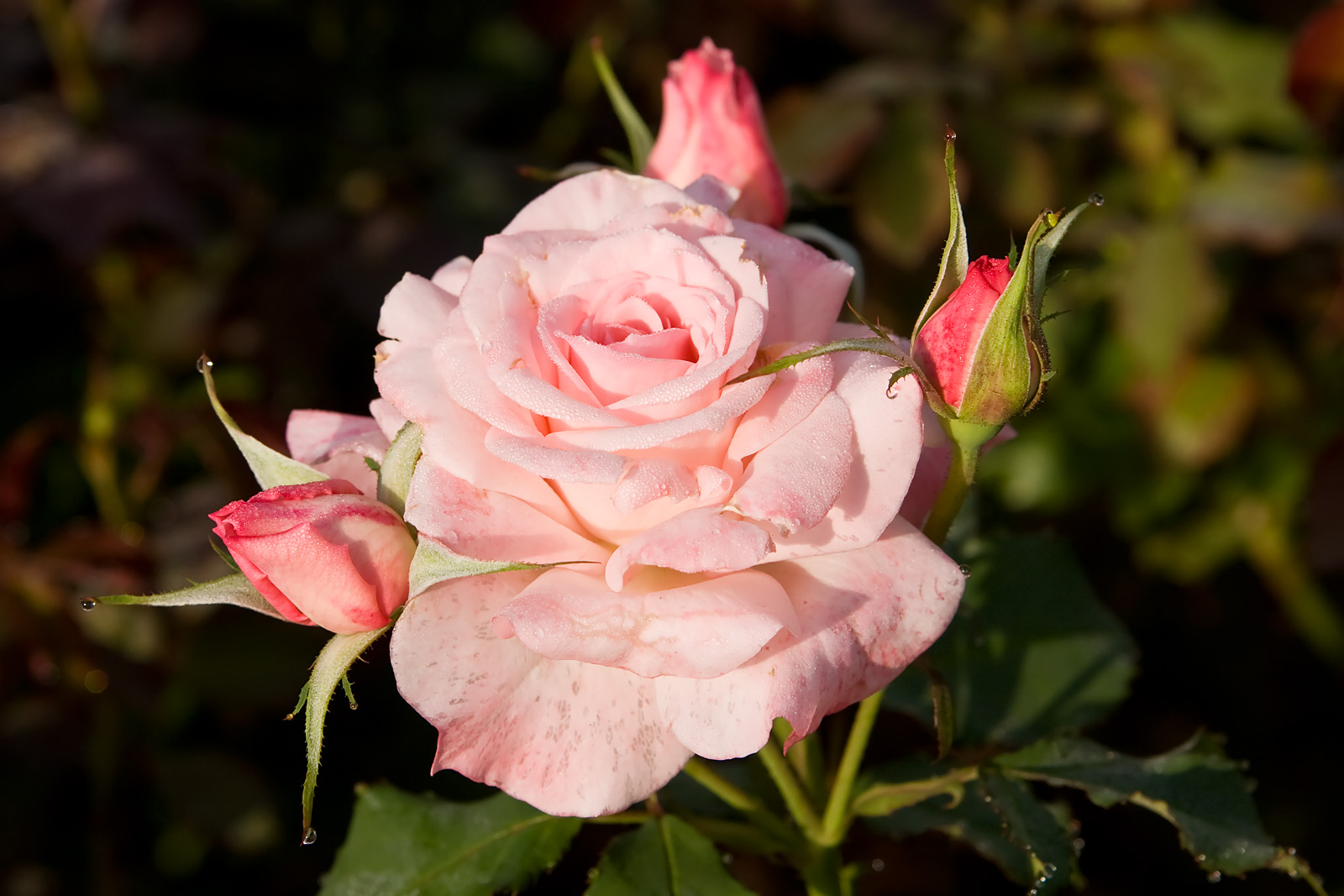
‘Bridal pink’, Boerner, 1967
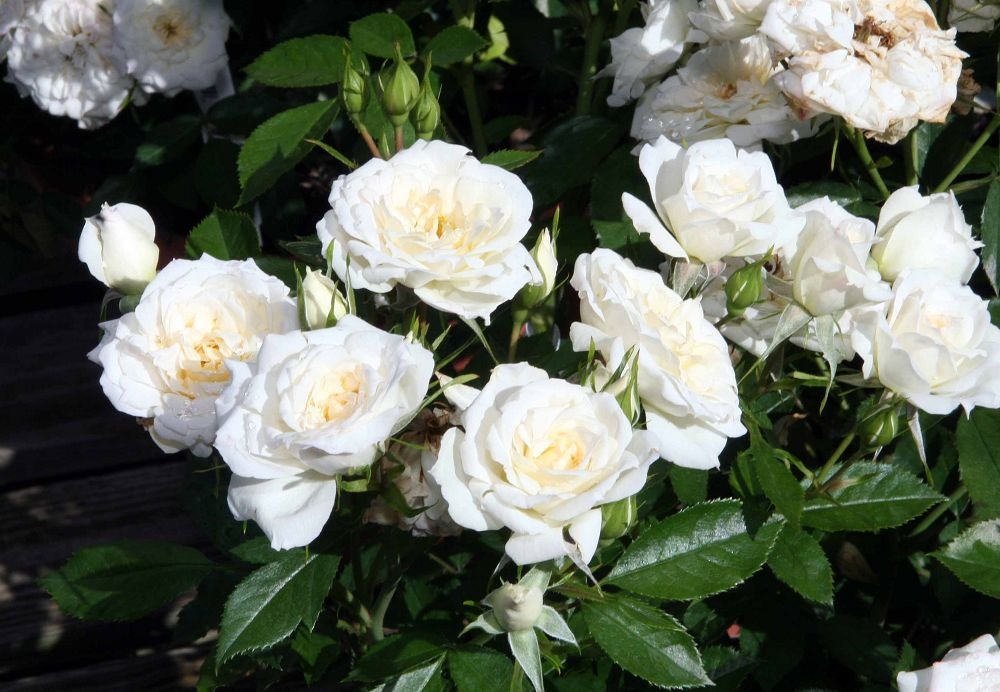
‘Bridal Sunblaze’, Meilland, 1996
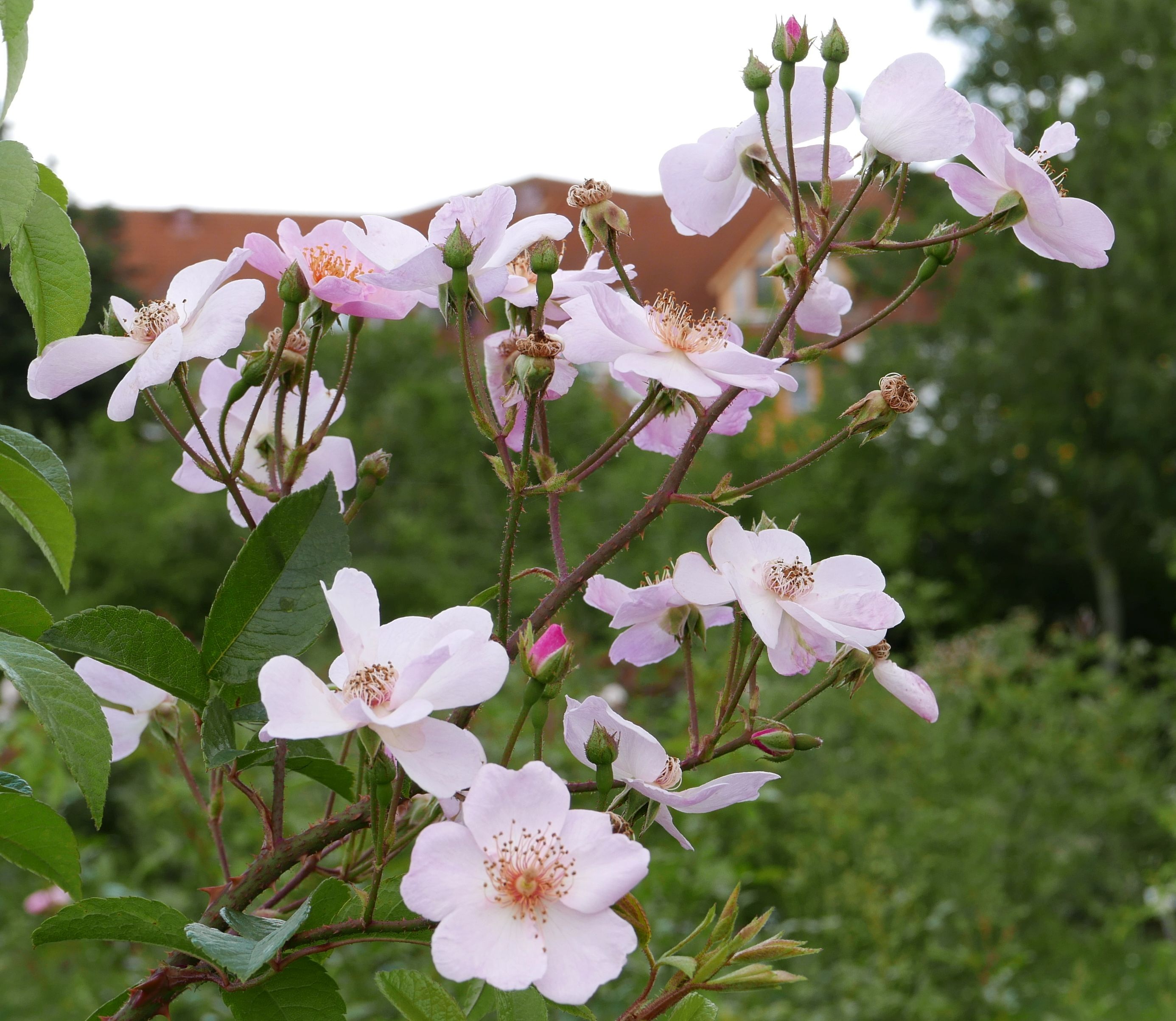
‘Brigitte de Villenfagne’, Lens, 1993
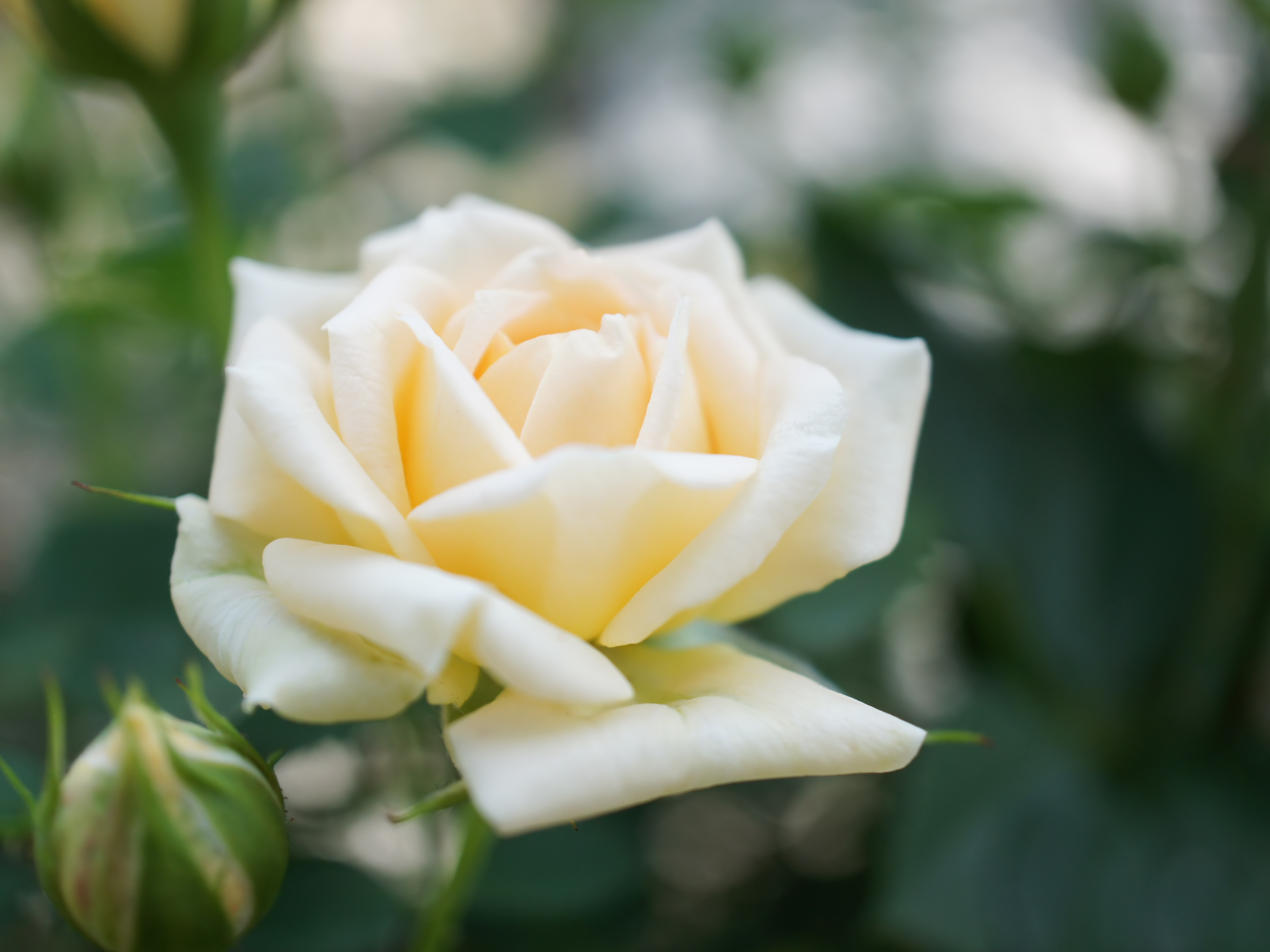
‘Brilliant Meillandina’, Meilland, 1975
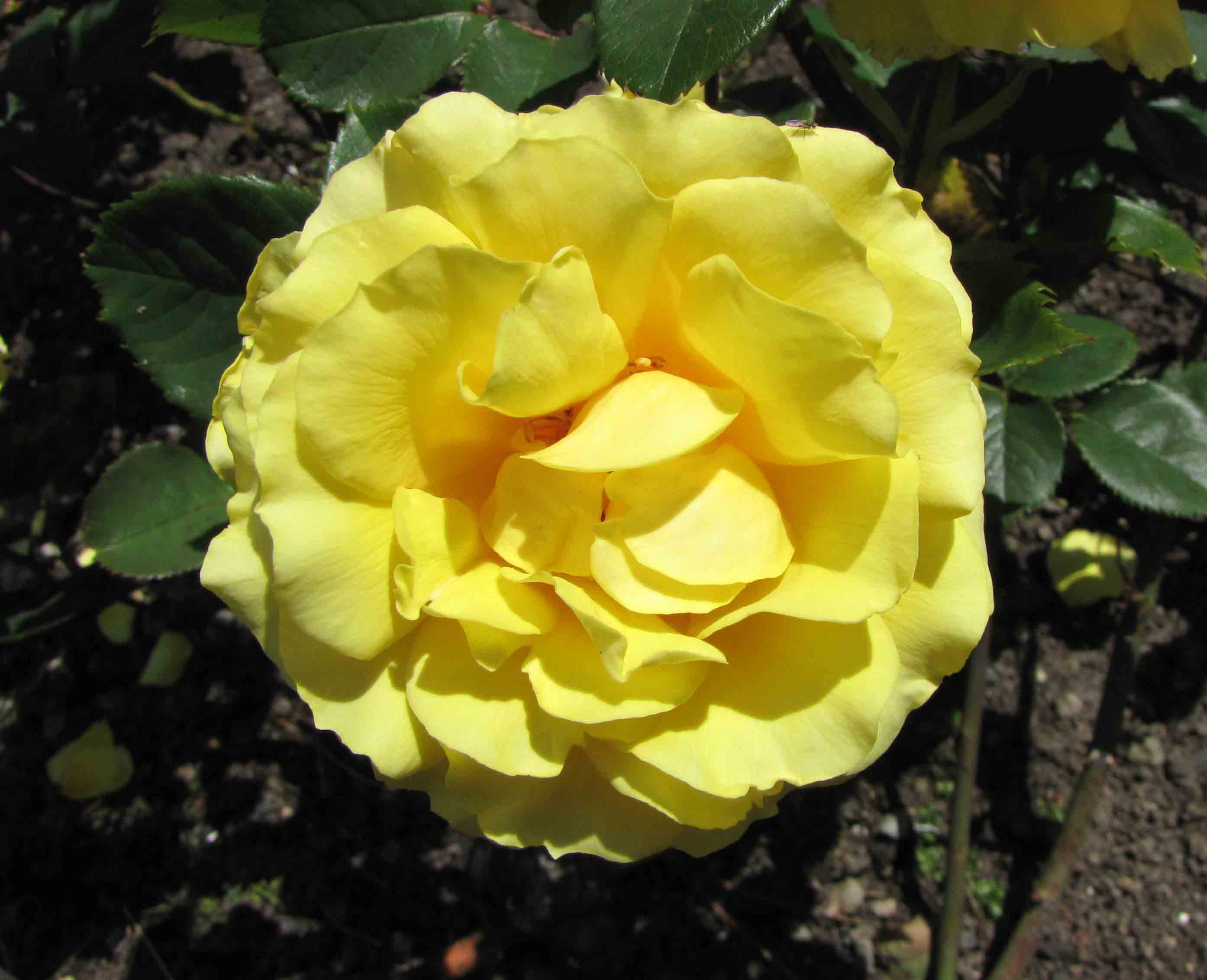
‘Brite Lites’ (oder ‘Zonta Rose’), Harkness, vor 1983
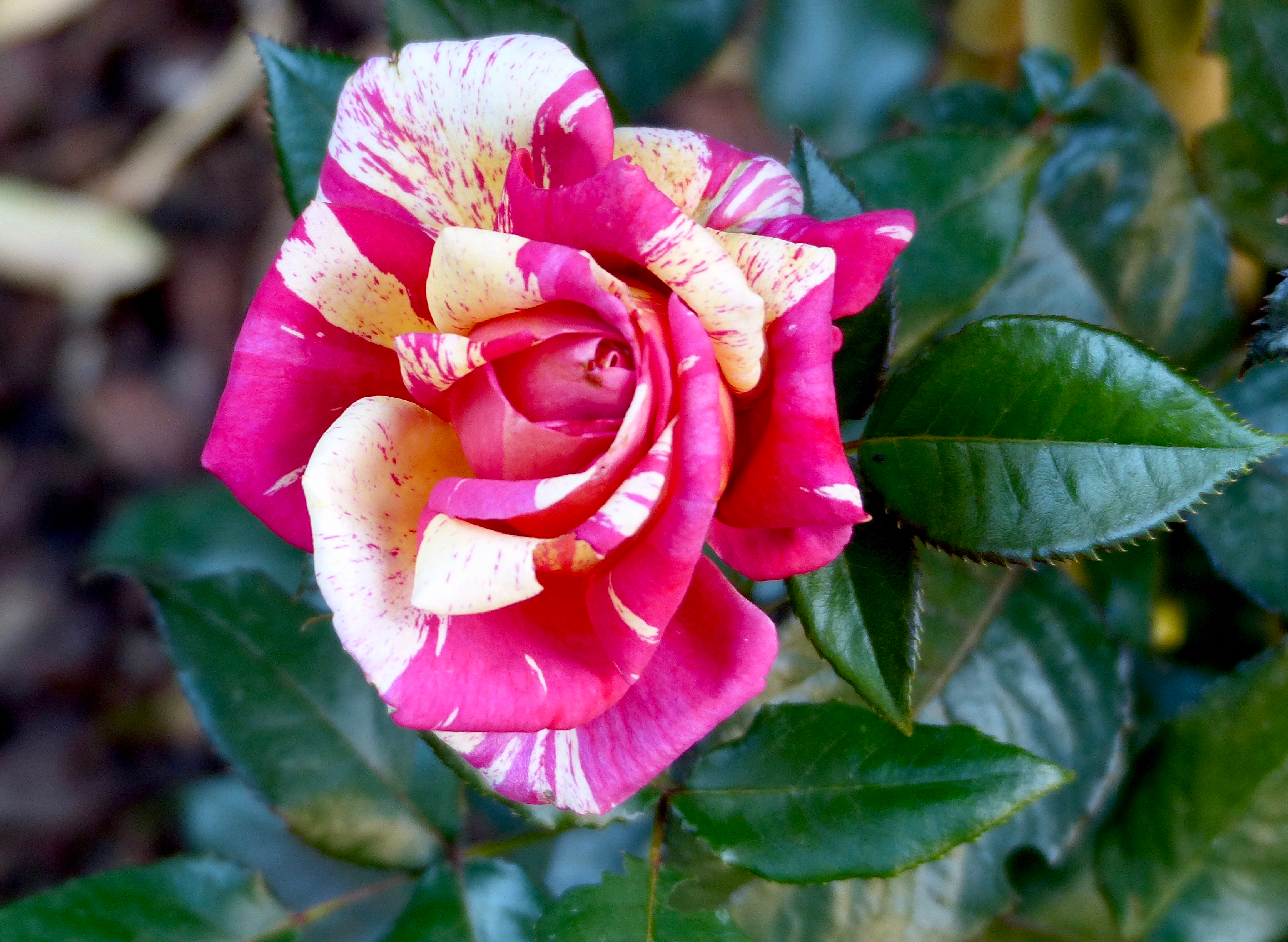
‘Broceliande’, Adam, 2000
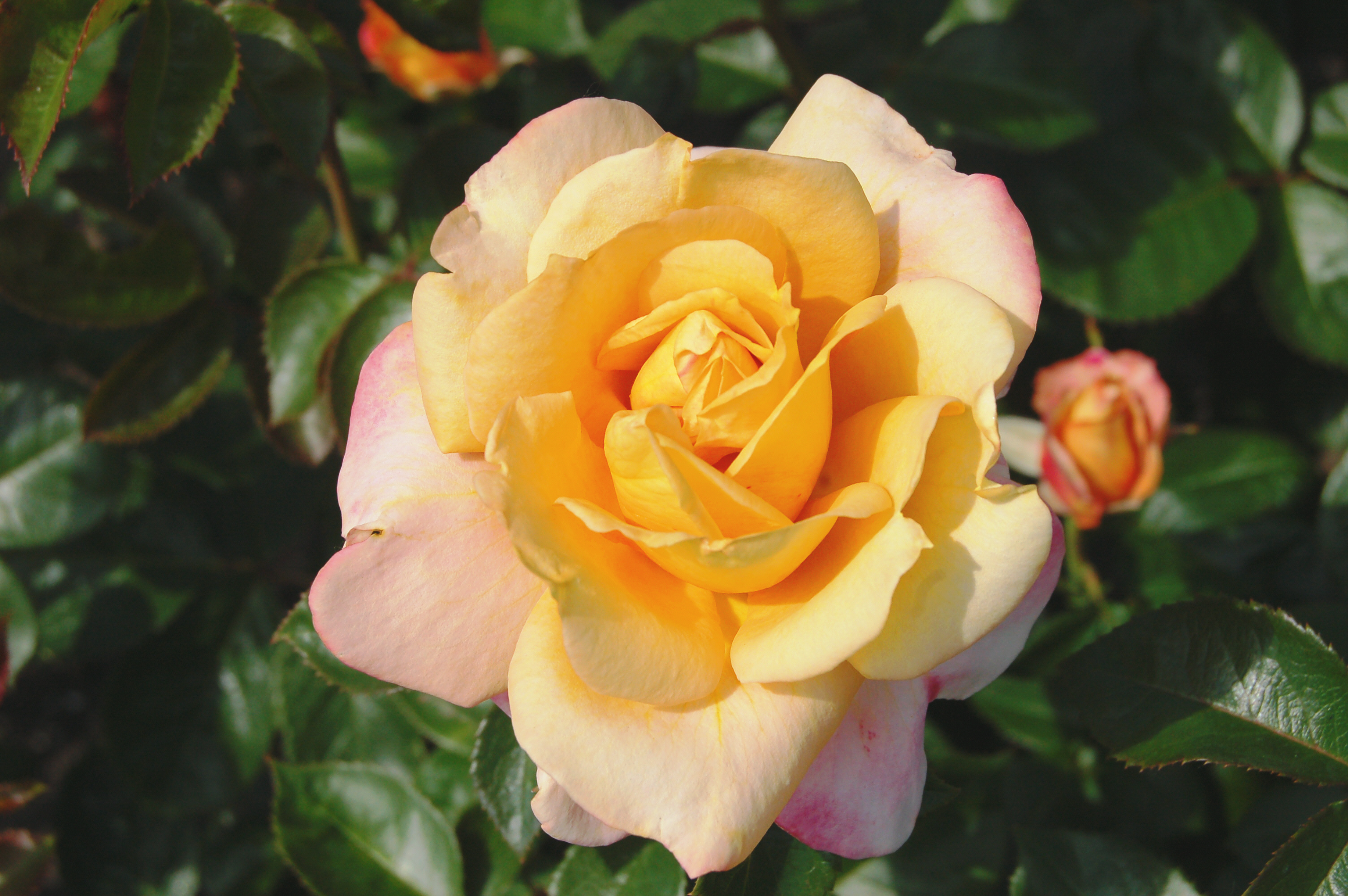
‘Brokart’, Tantau, 2000
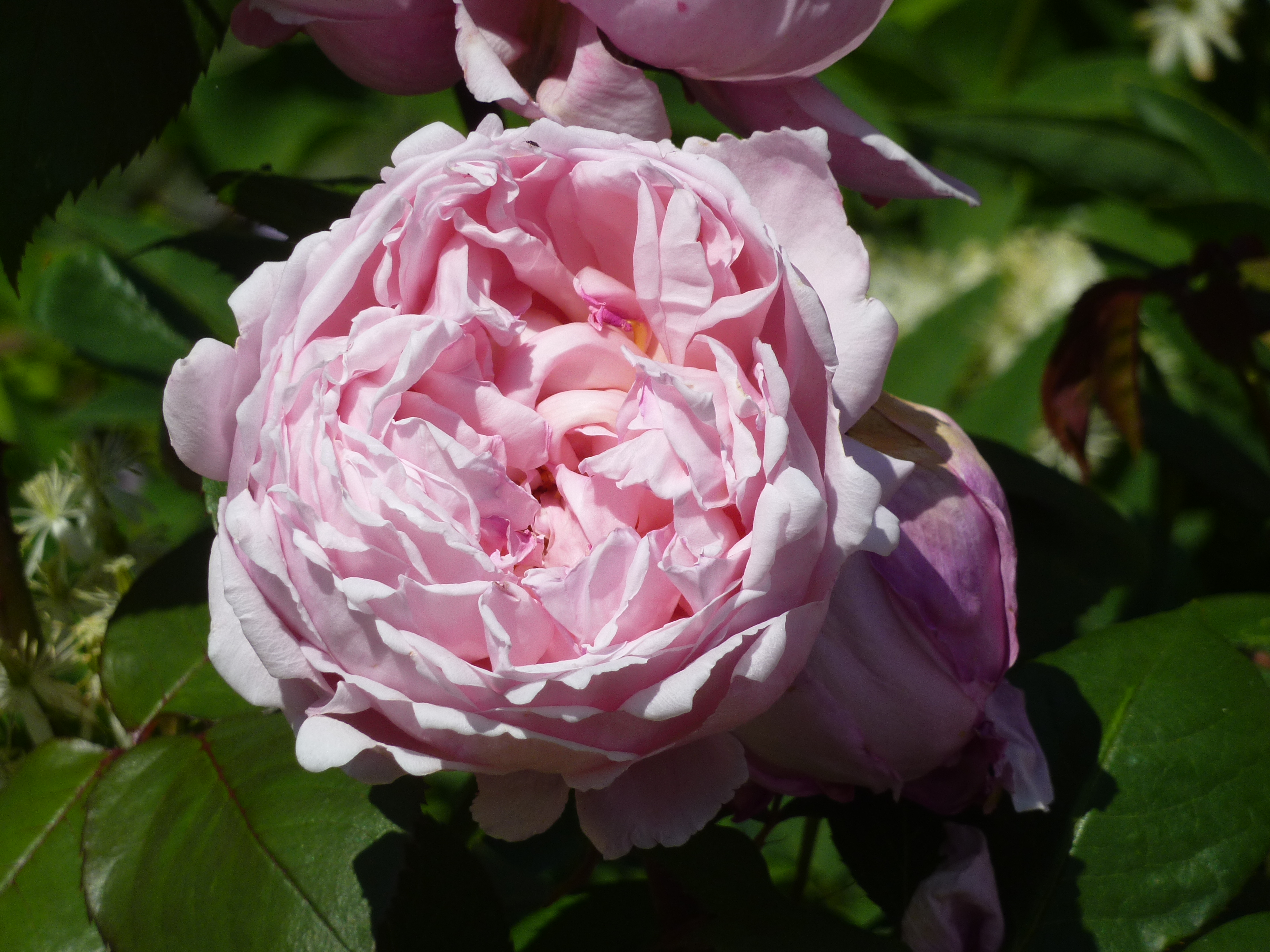
‘Brother Cadfael’, Austin, 1990
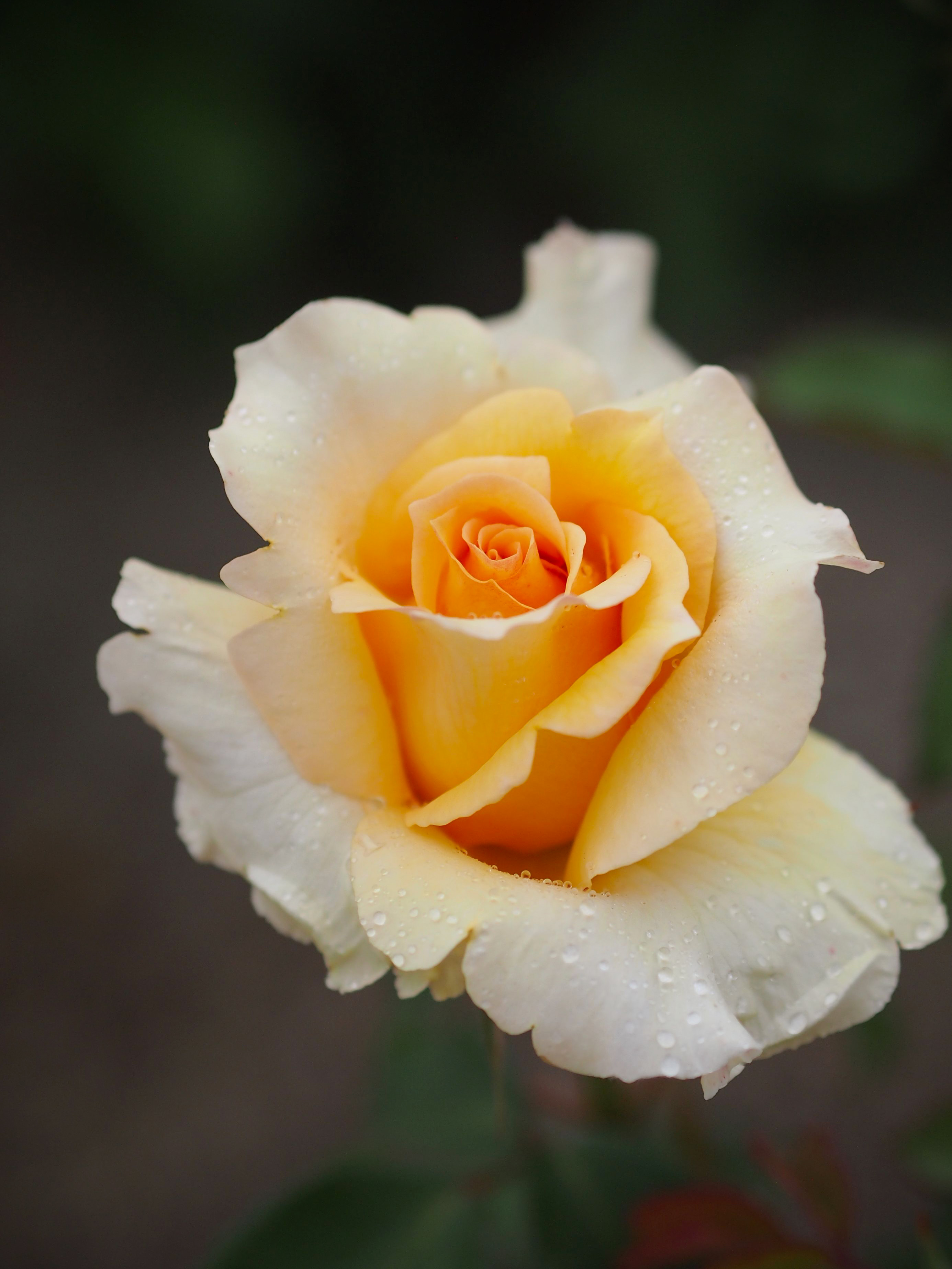
‘Brother Sun’, Joyce L. Fleming, 1998
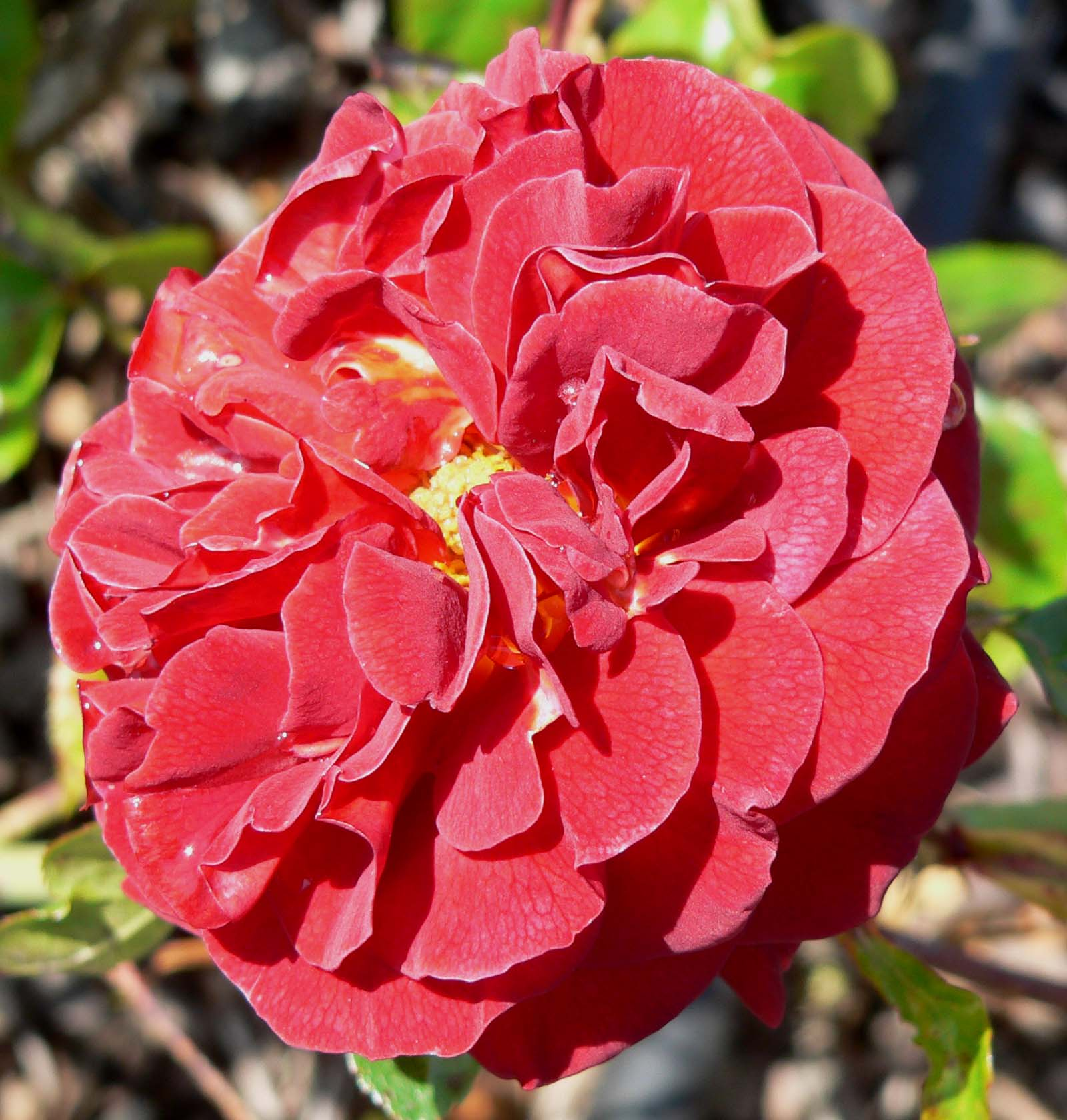
‘Brown Velvet’, McGredy IV, 1984
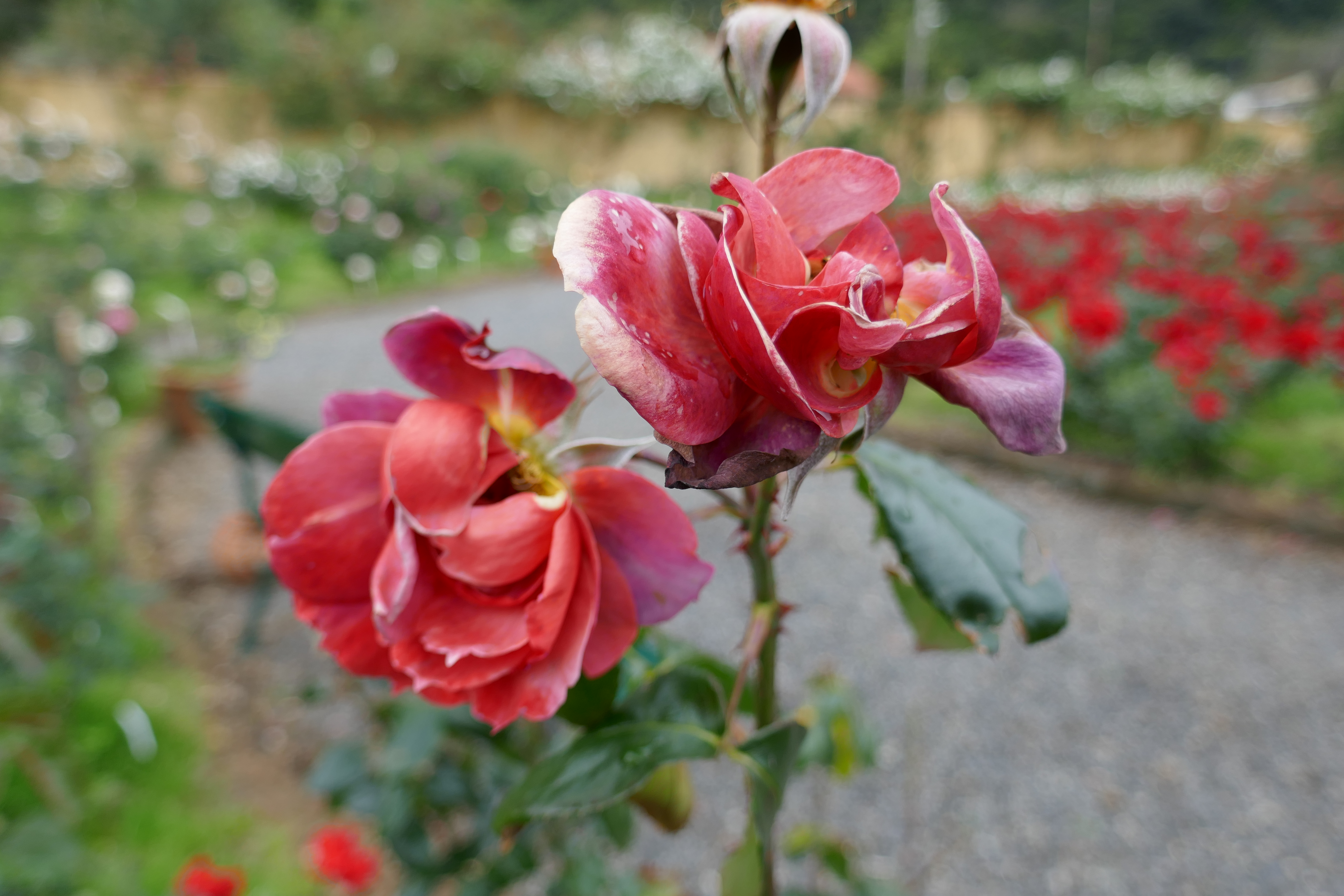
‘Brownie’, Boerner, 1958
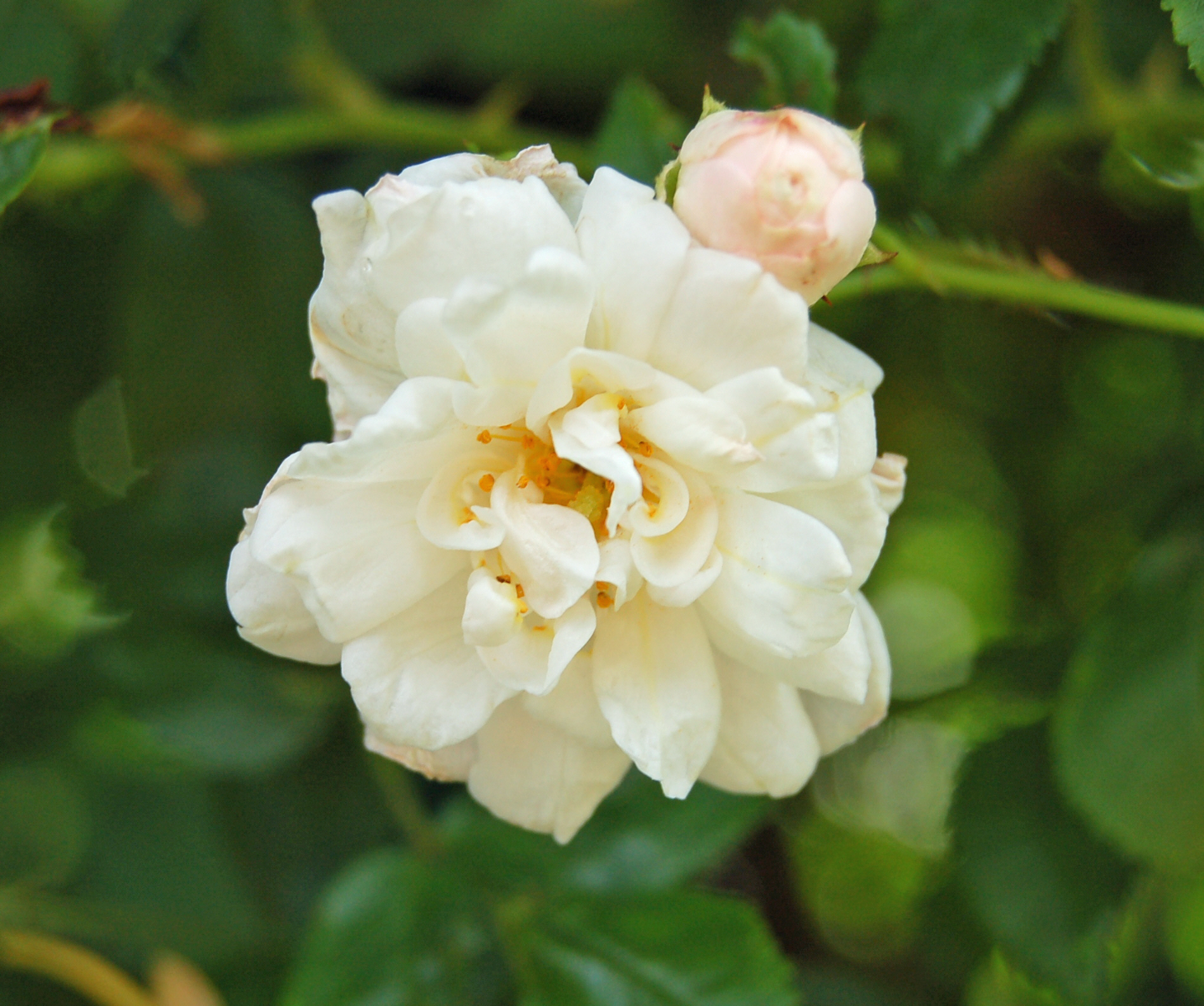
‘Brunonii flora plena’, Paul, 1899
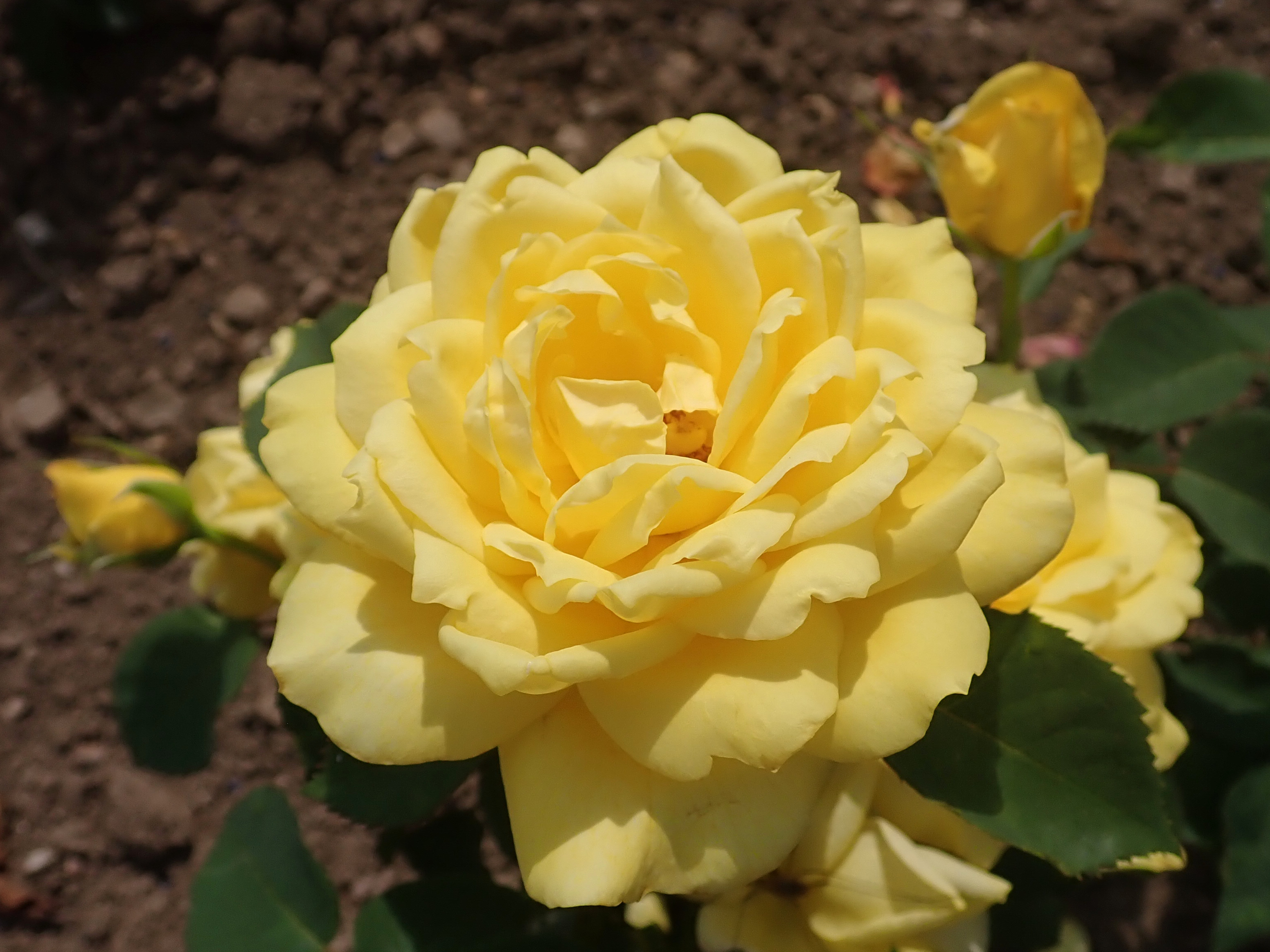
‘Bruocsella’, Louis Lens, 1980
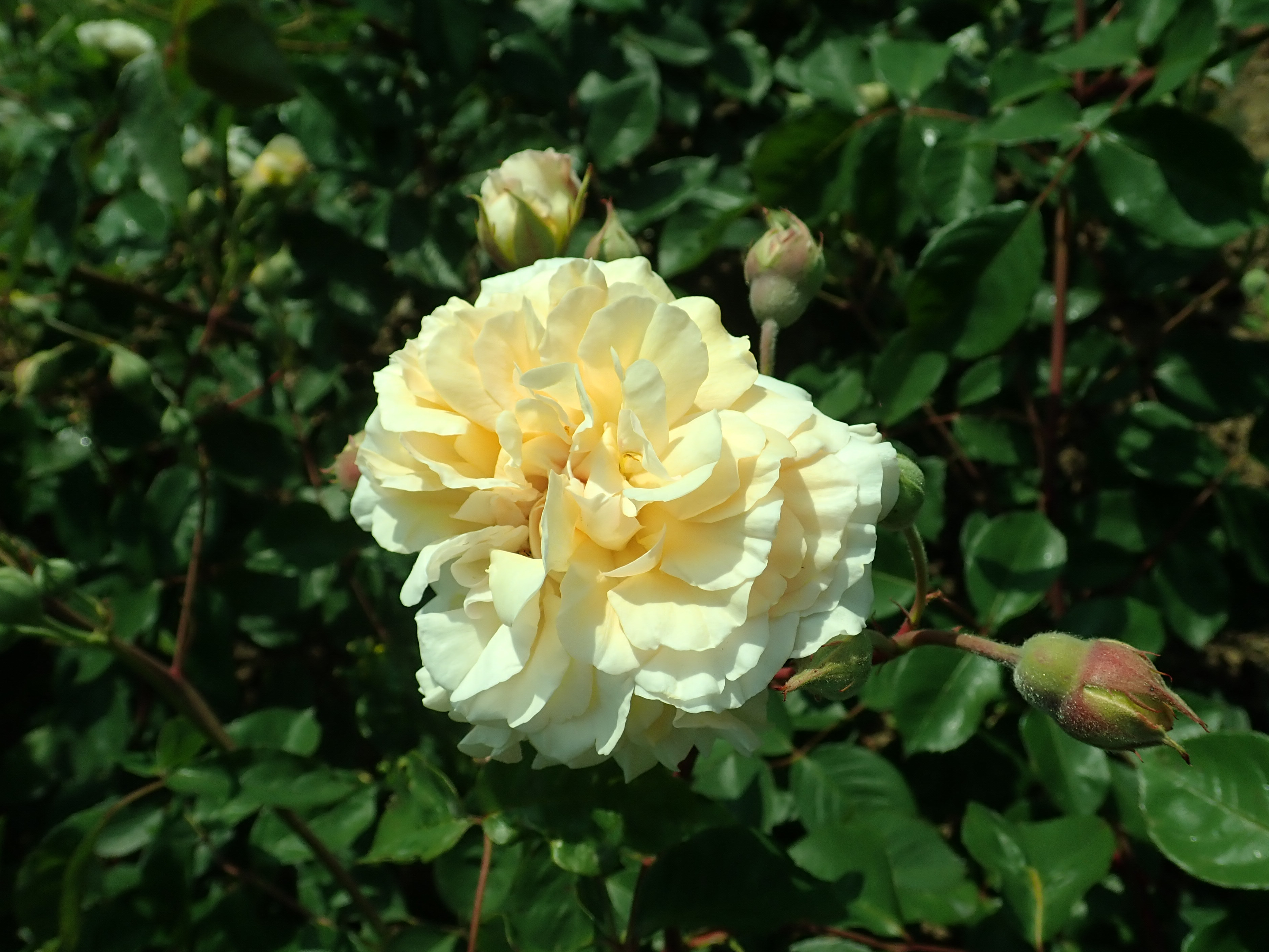
‘Buff Beauty’, A. Bentall, 1939
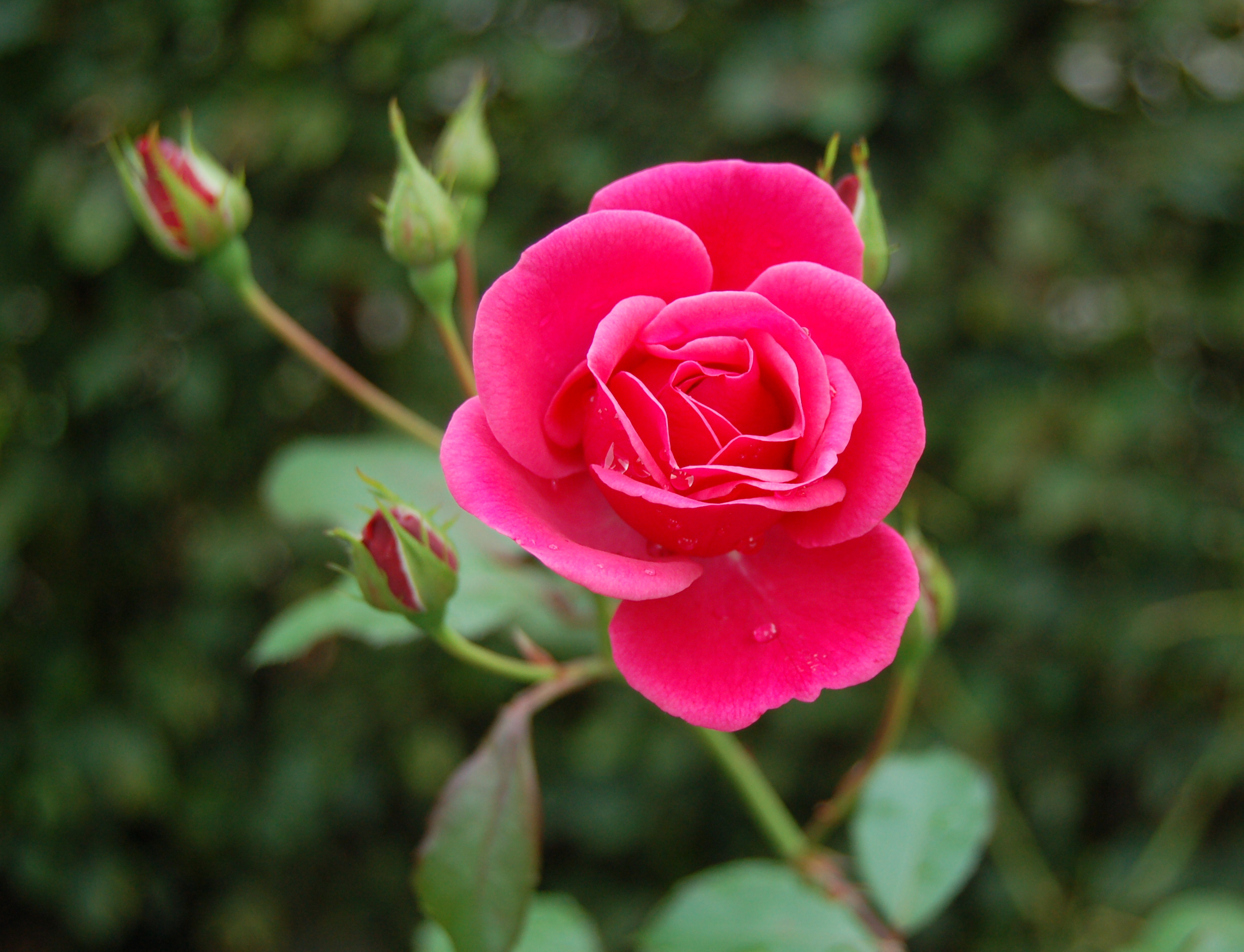
‘Buismans Triumph’, Buismann, 1953
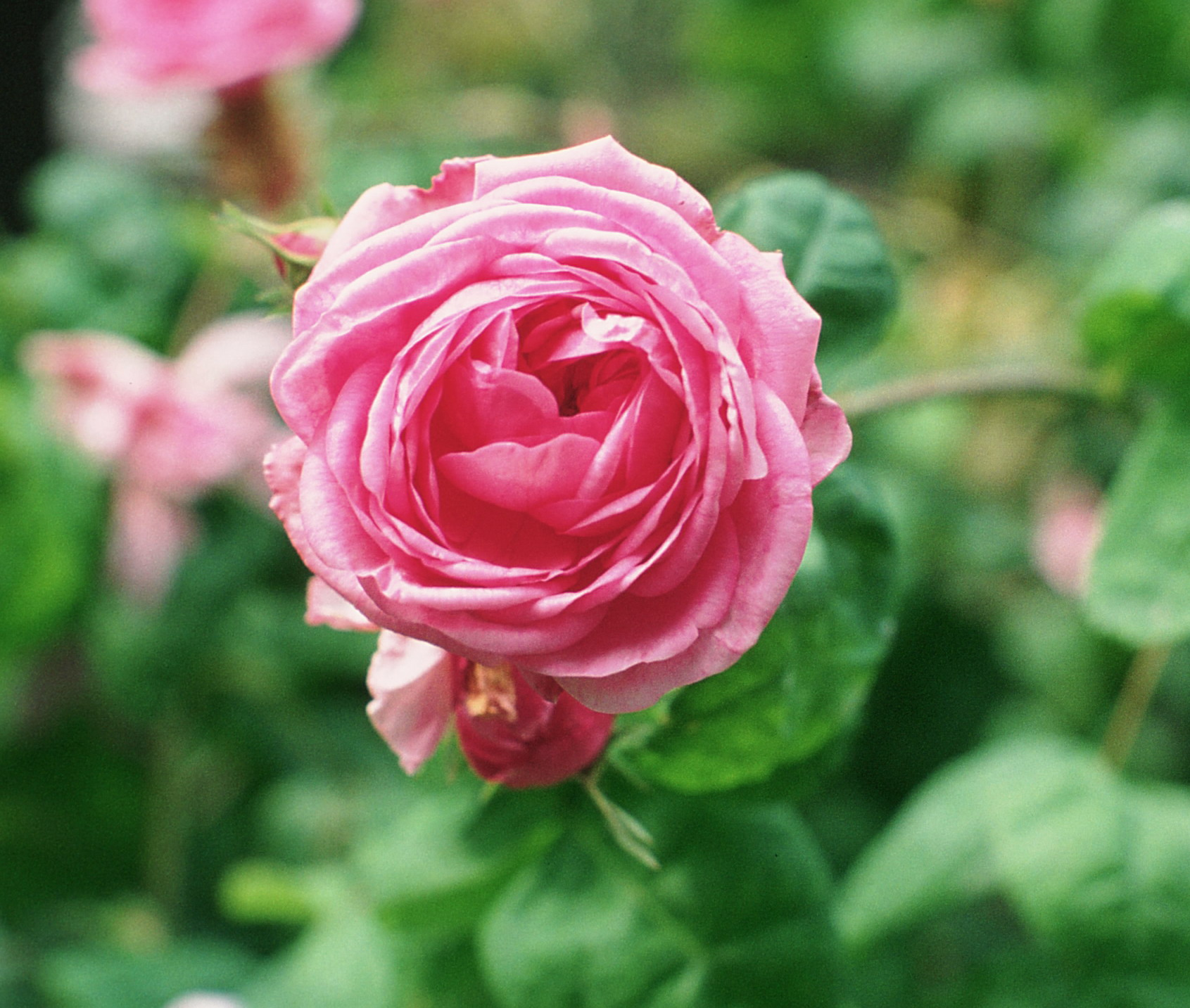
‘Bullata’, Rosa centifolia, vor 1799
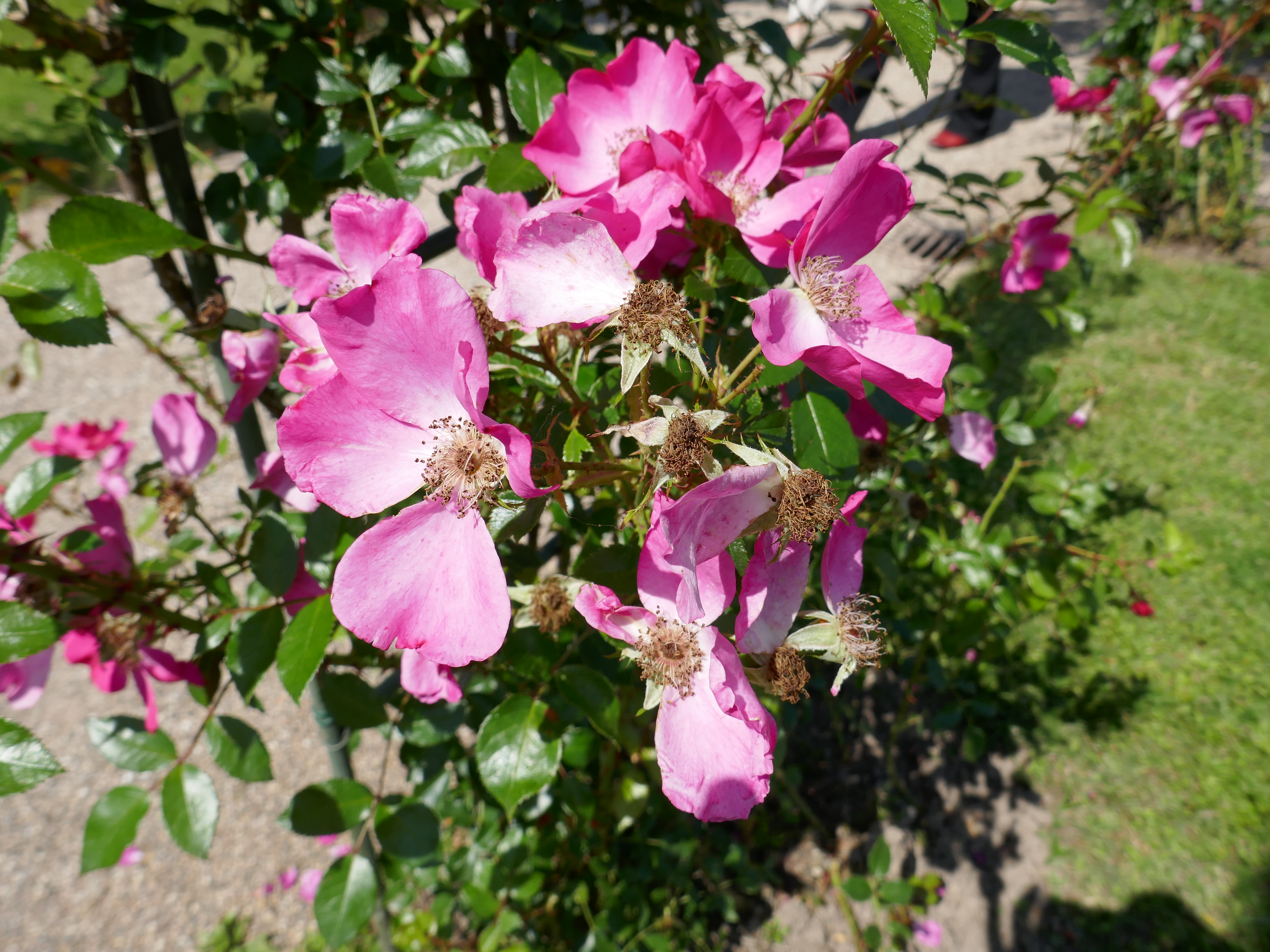
‘Burg Baden’, Kordes, 1955
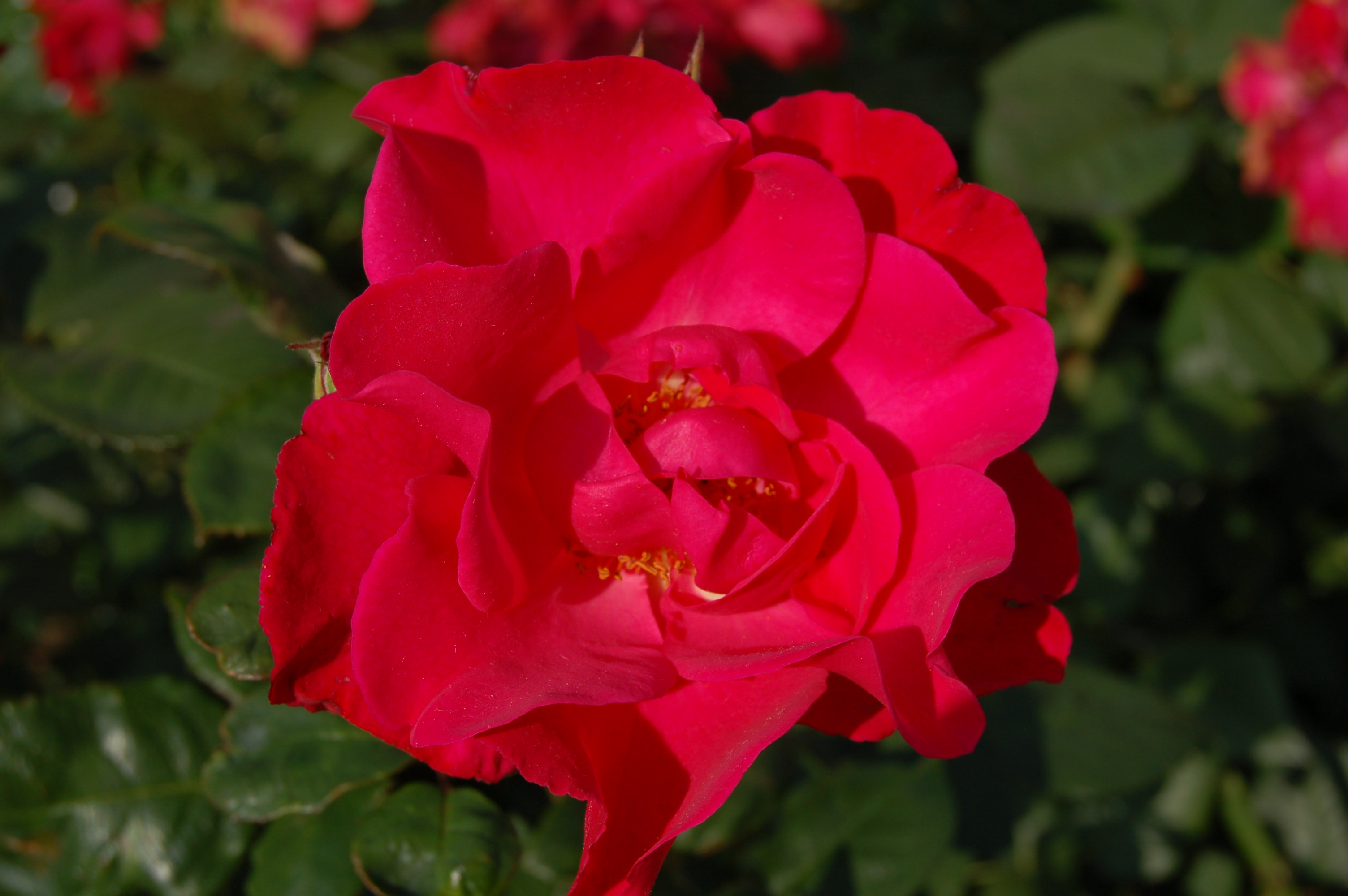
‘Burghausen’, Kordes, 1991
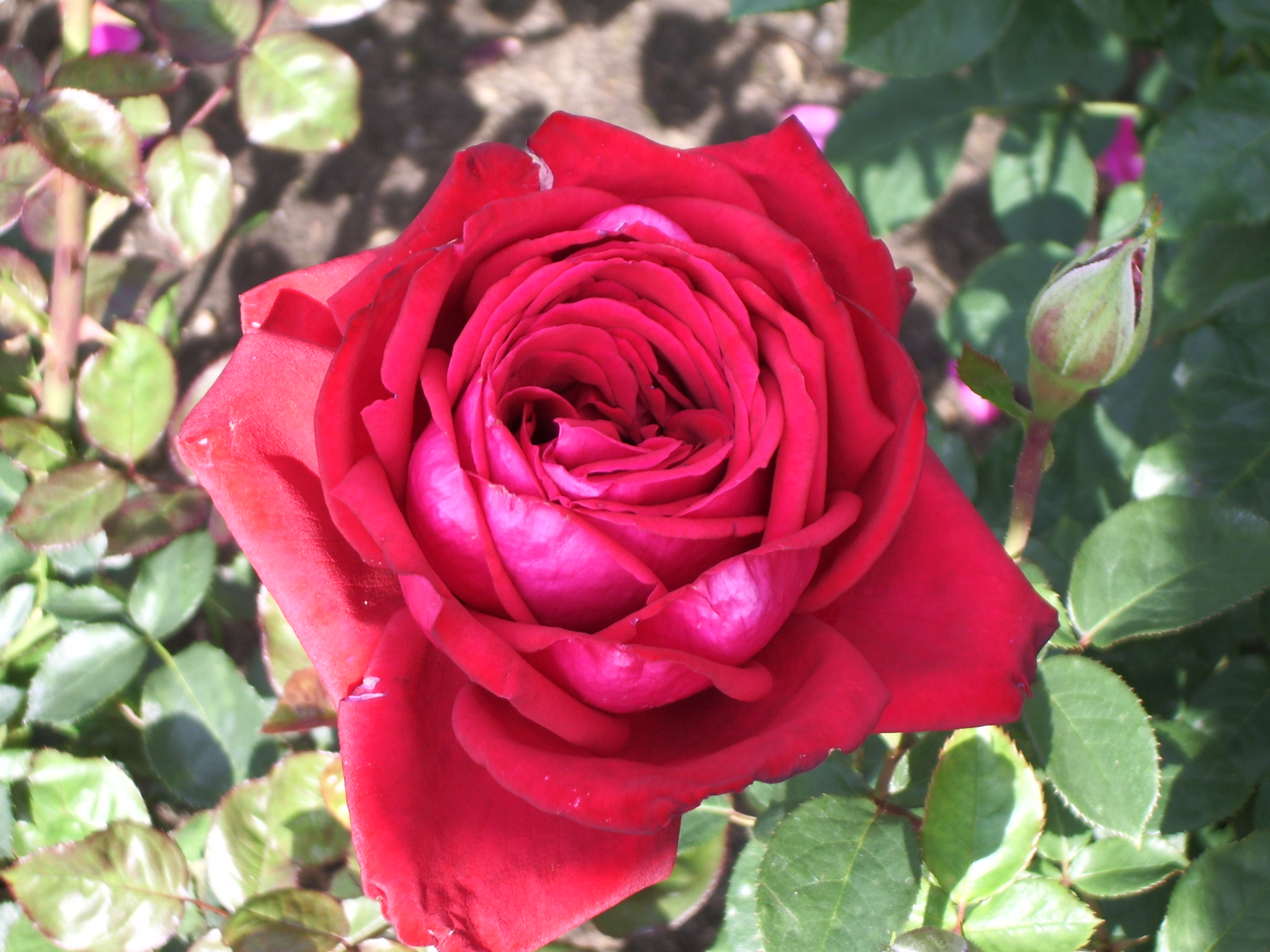
‘Burgund 81’, Kordes, 1981
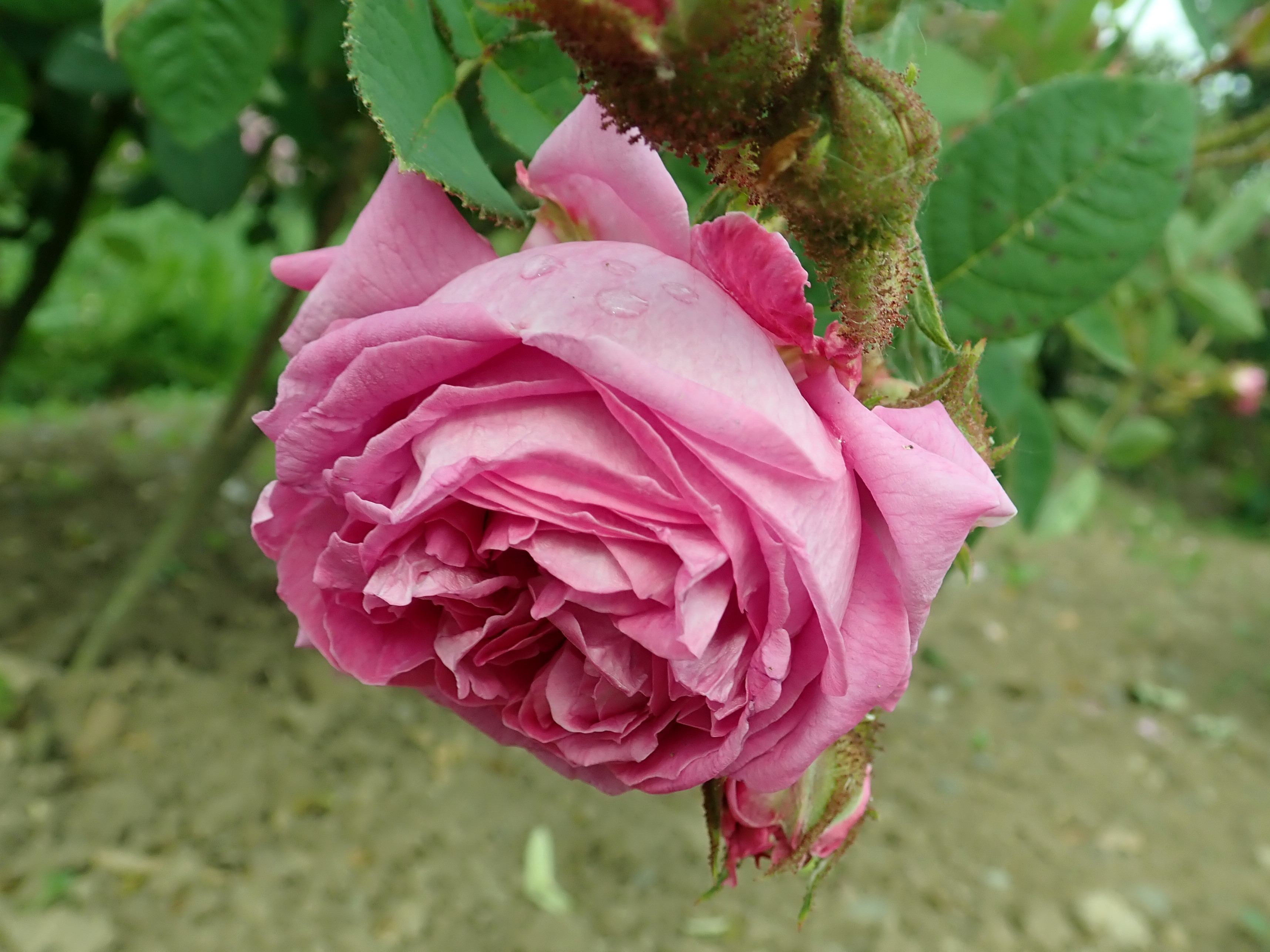
‘Burgundy’, Roseraie de l’Hay, ?
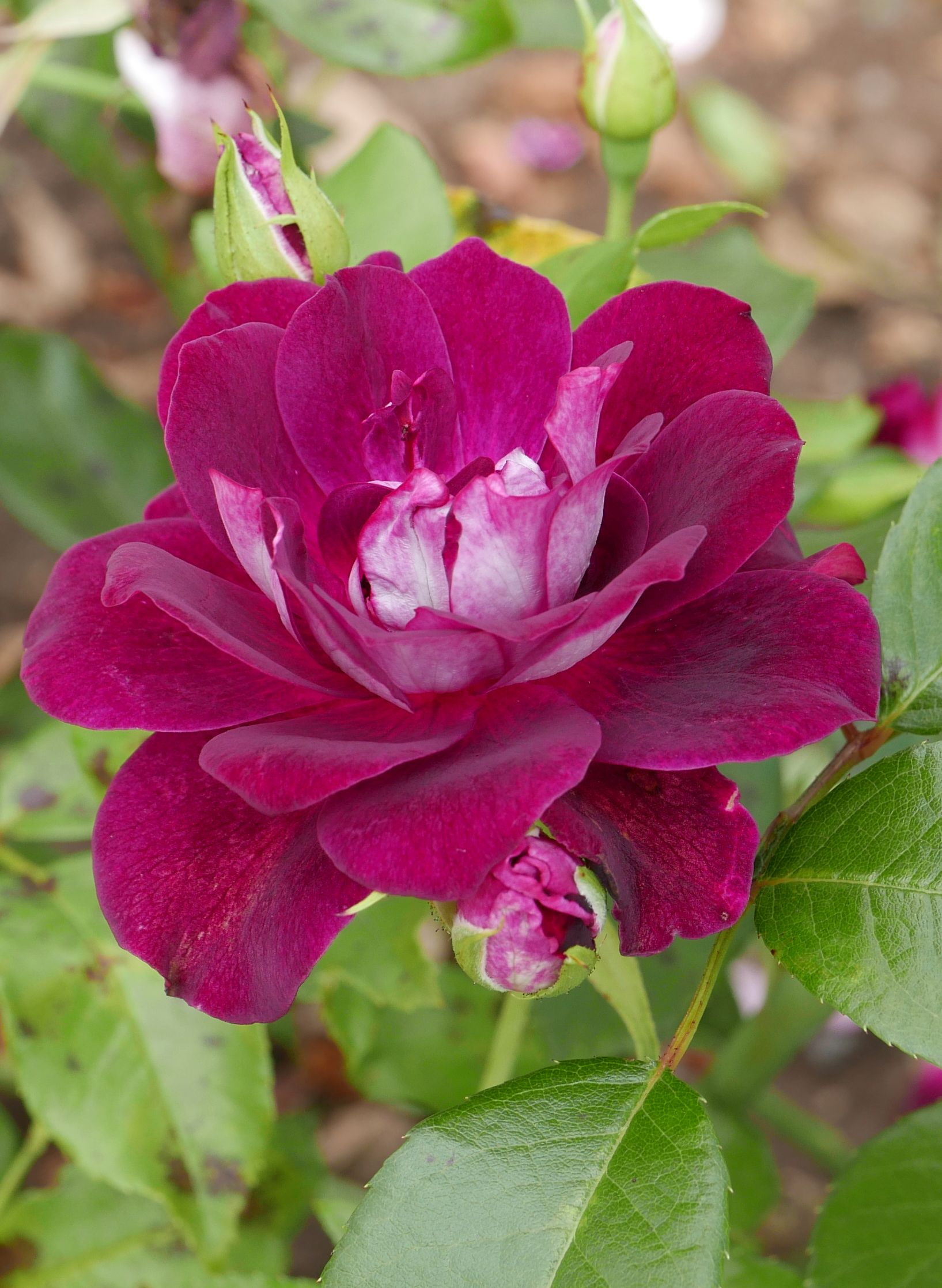
‘Burgundy Iceberg’, Swane, 1998
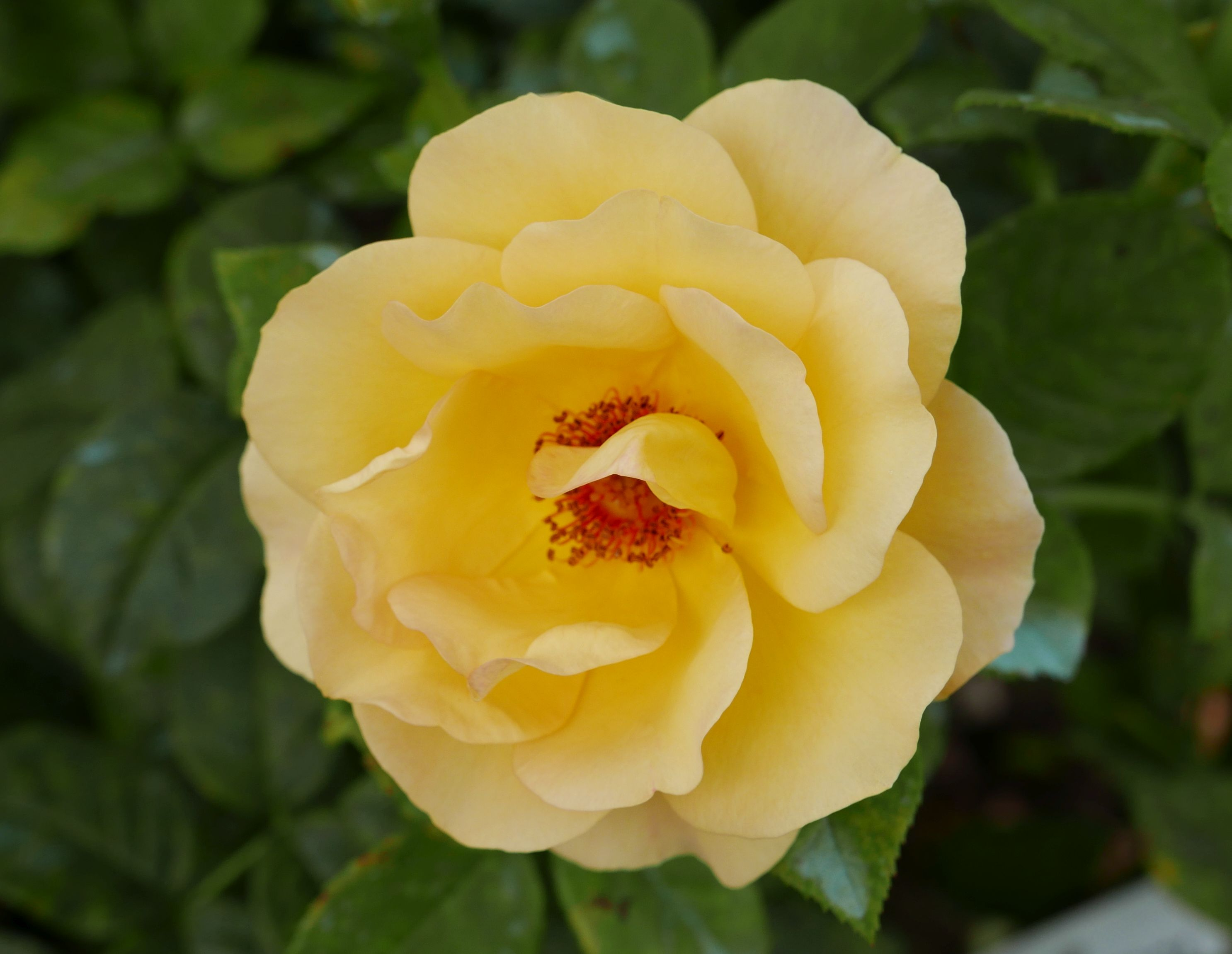
‘Burma Star’, Cocker, 1974
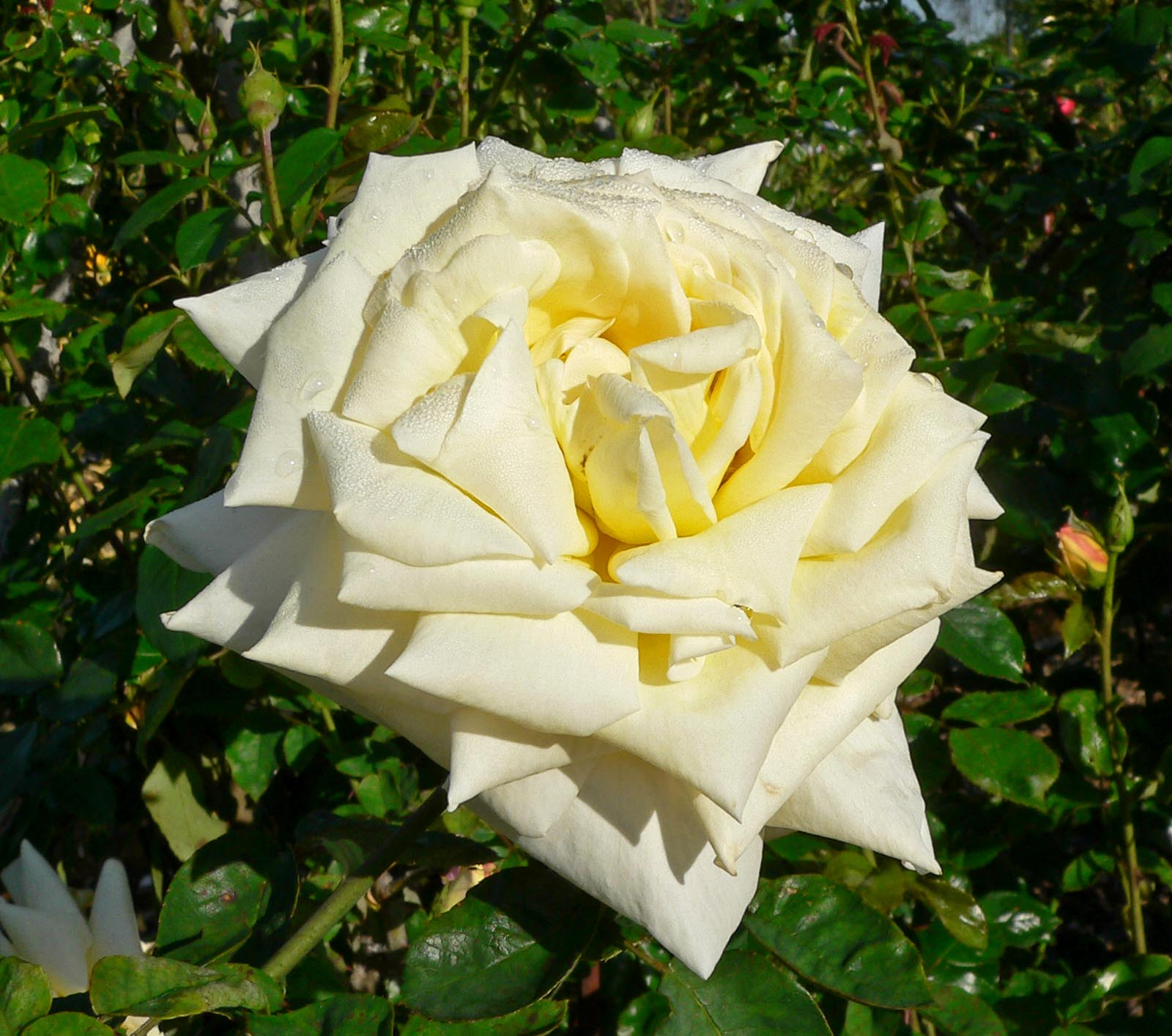
‘Burnaby’, Eddie, 1954
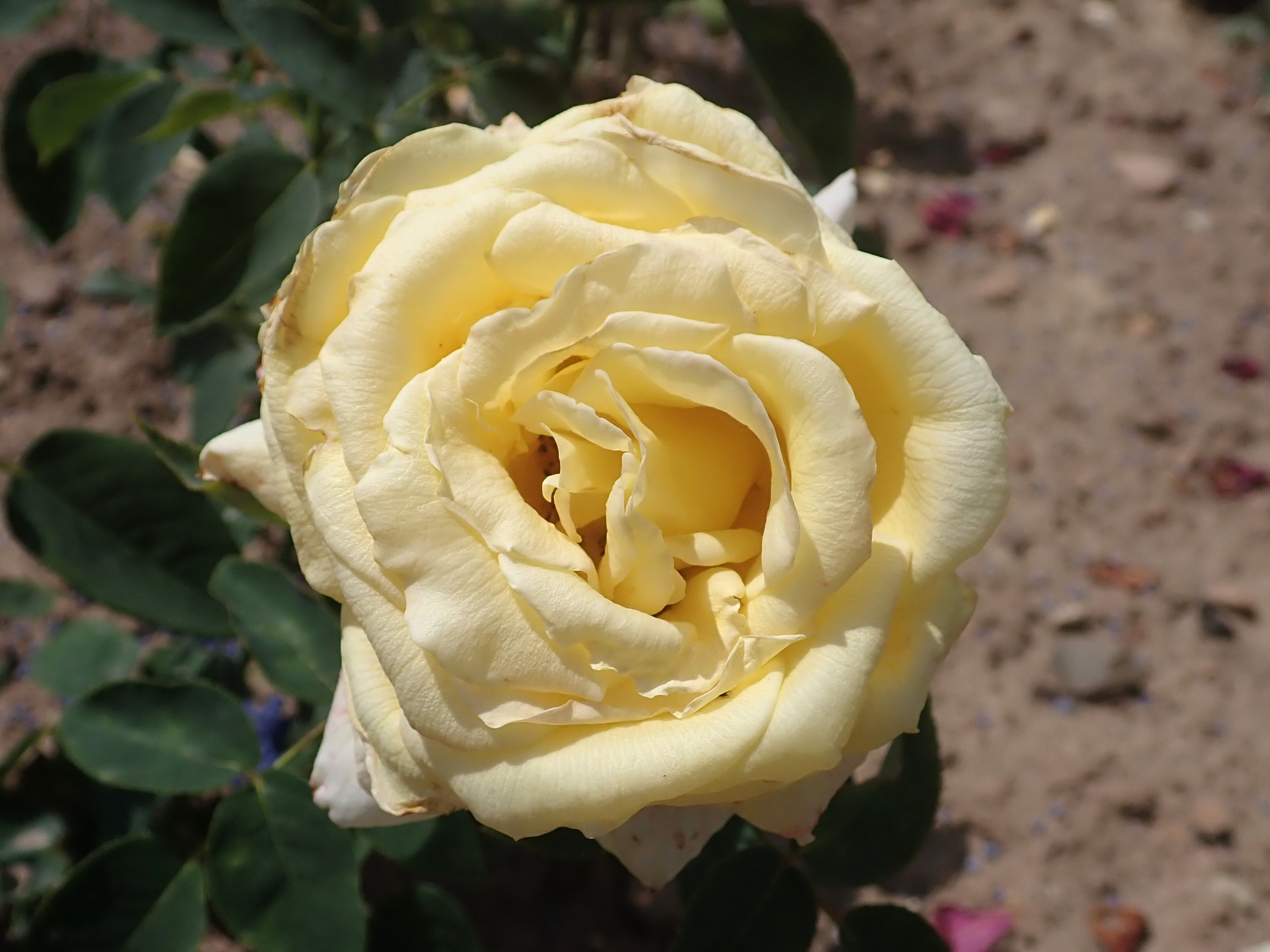
‘Buttercream’, Keith W. Zary/Jackson & Perkins, 2003
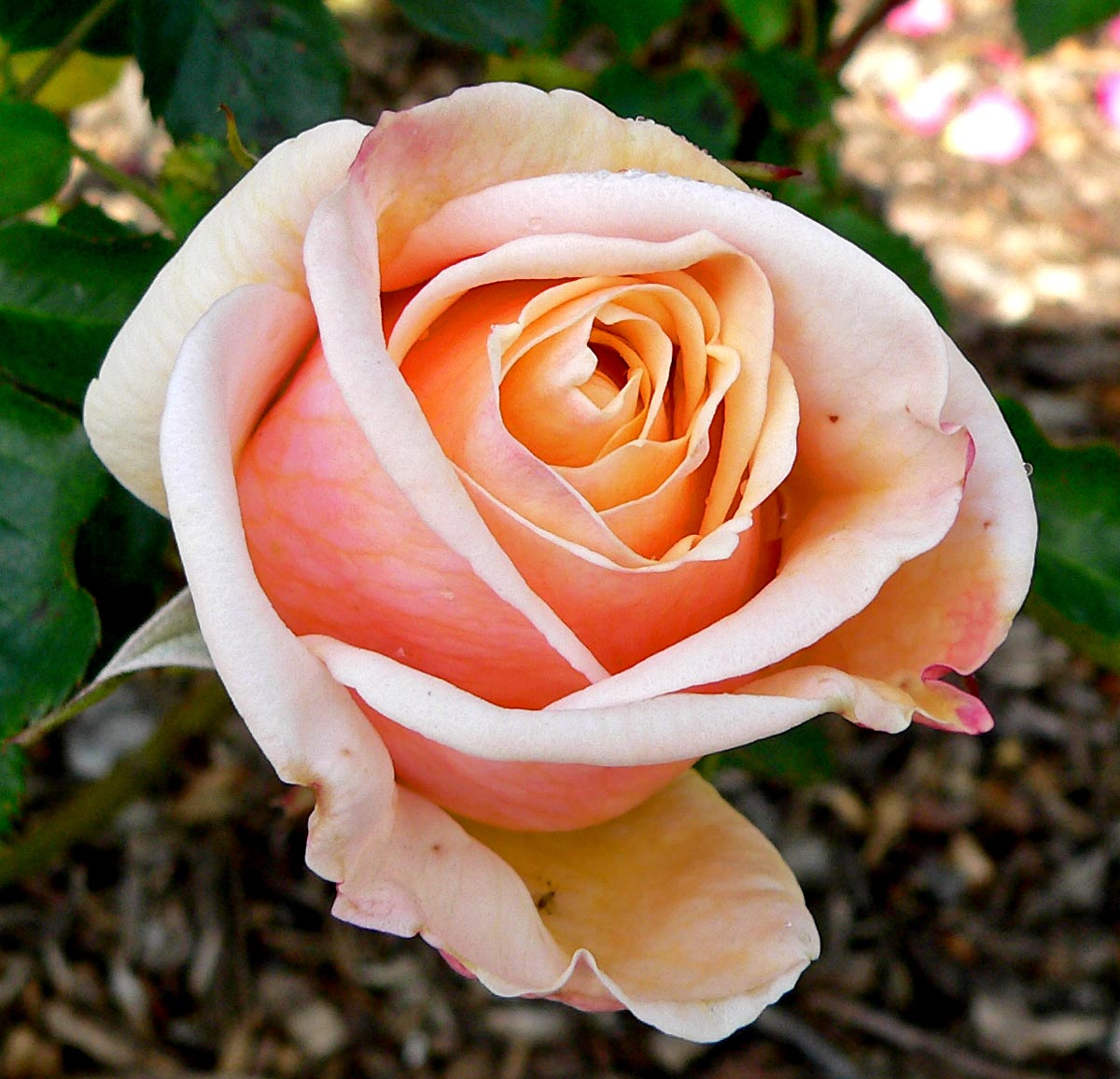
‘Buttercup (1930)’, Dobbie & Co. Ltd., 1930
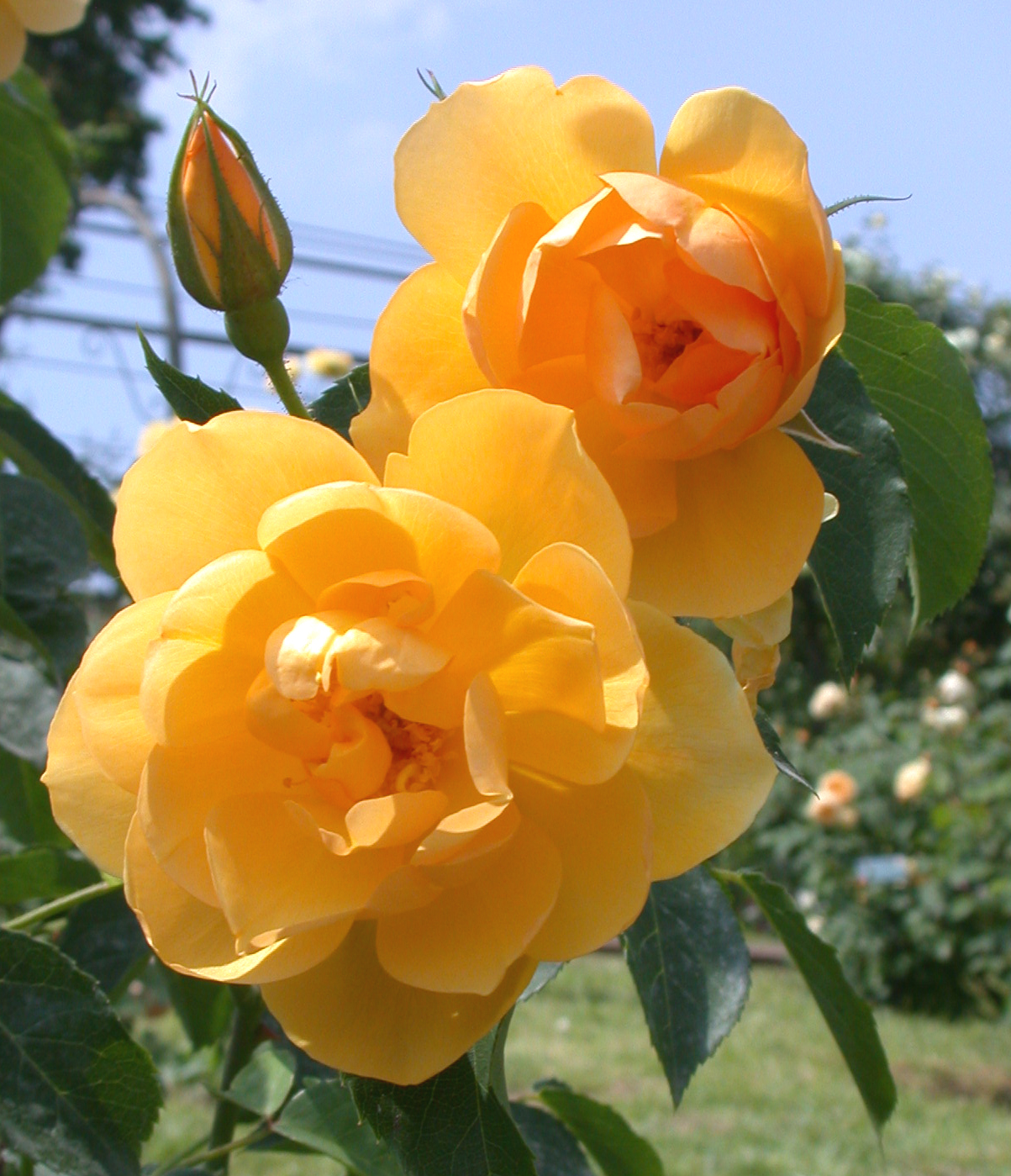
‘Buttercup’, Austin, 1999
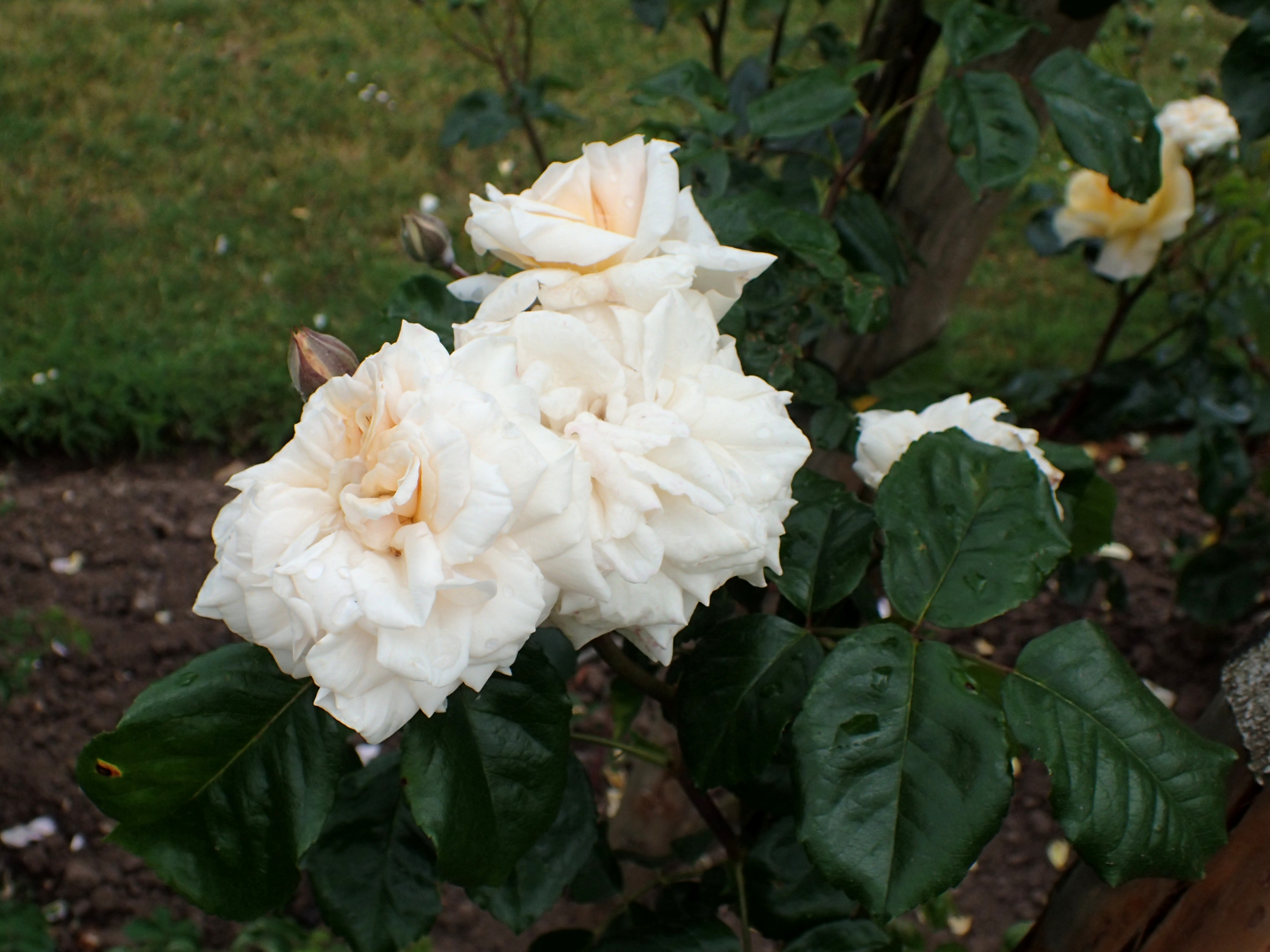
‘Buttermere’, Chaplin Brothers, 1932
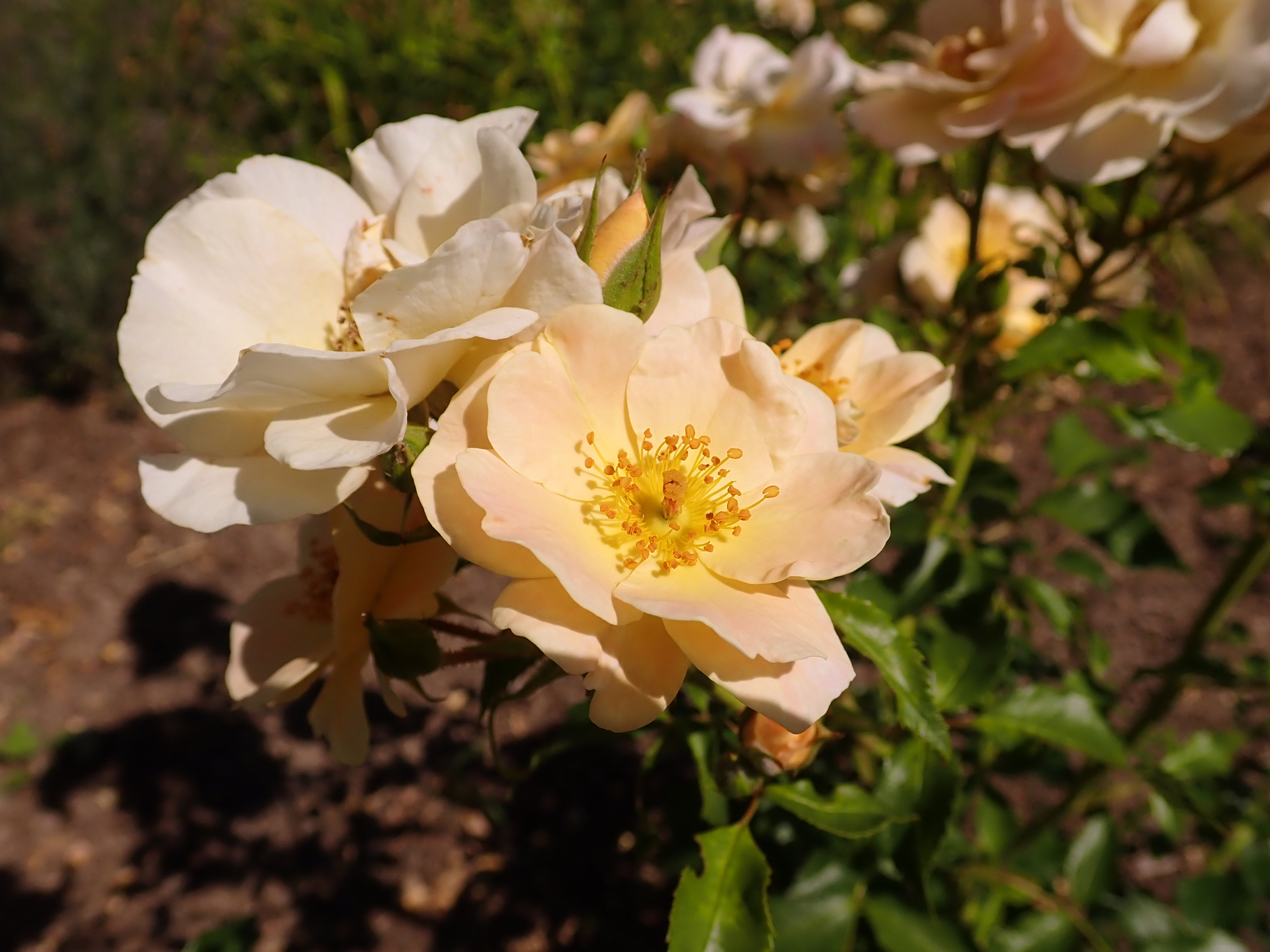
‘BV Borussia’, Poulsen, 1992

## C

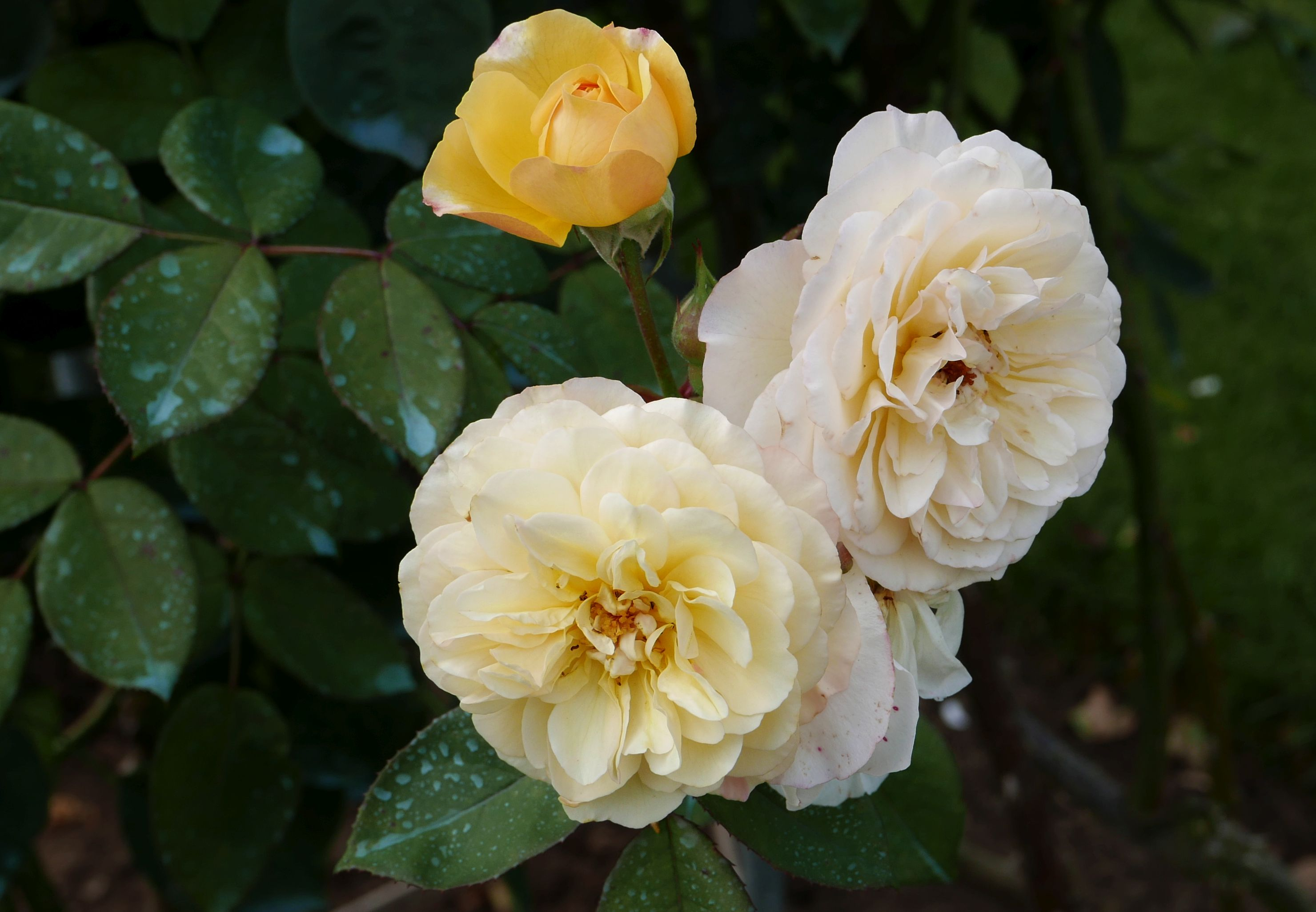
‘Cäcilie’, Lützow, 1999
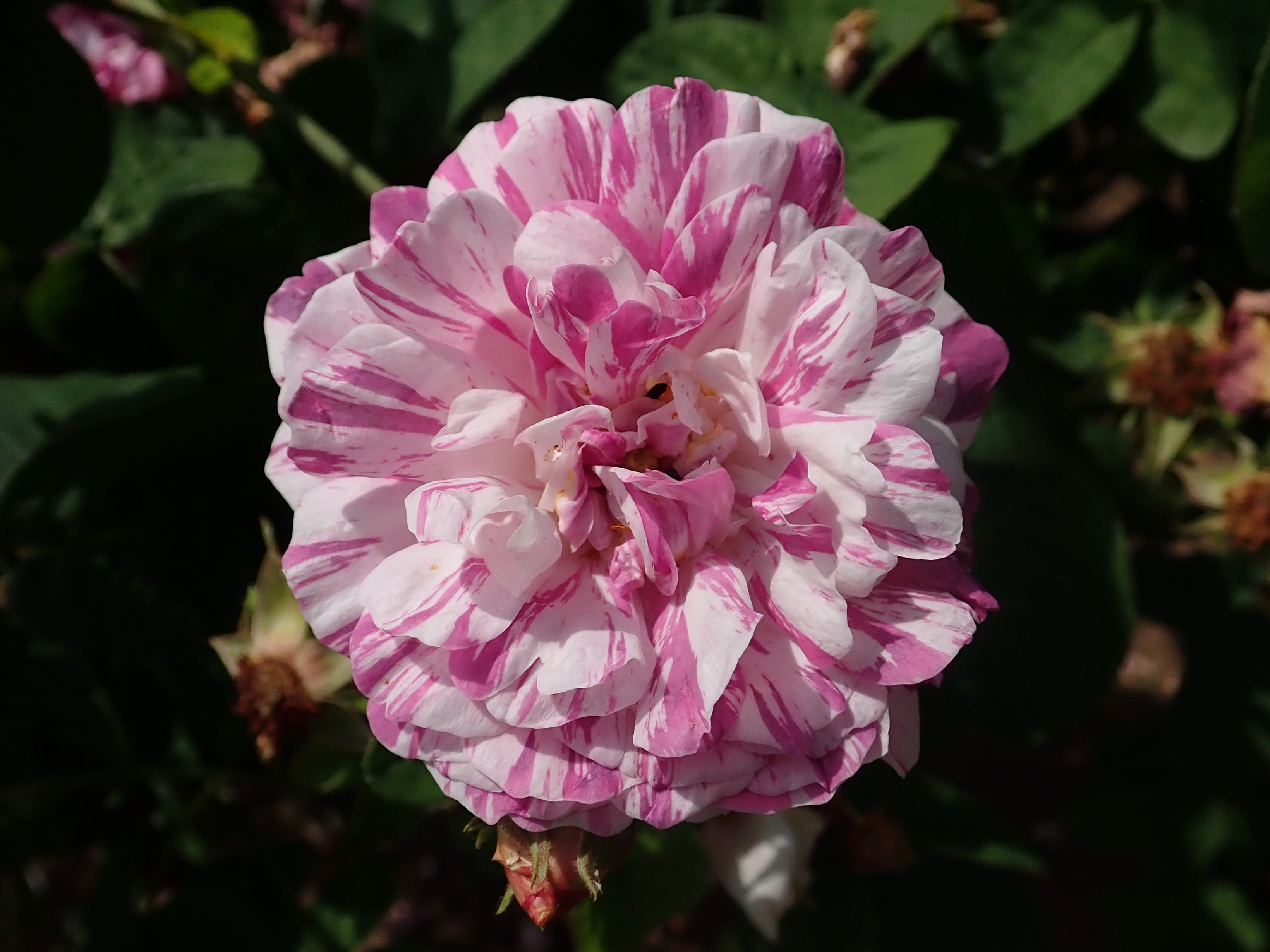
‘Camaïeux’, Gendron, 1826
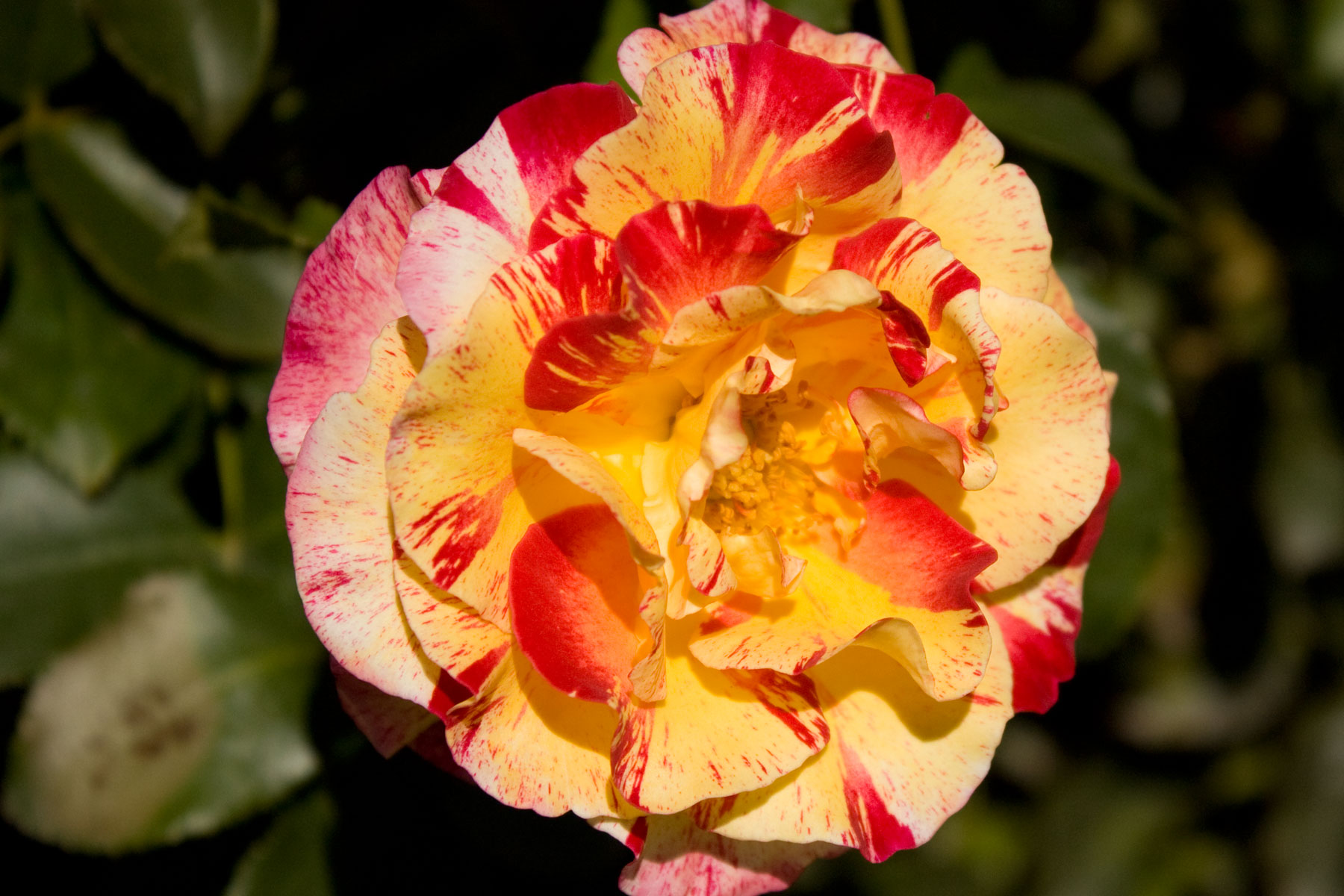
‘Camille Pissarro’, Delbard, 1996
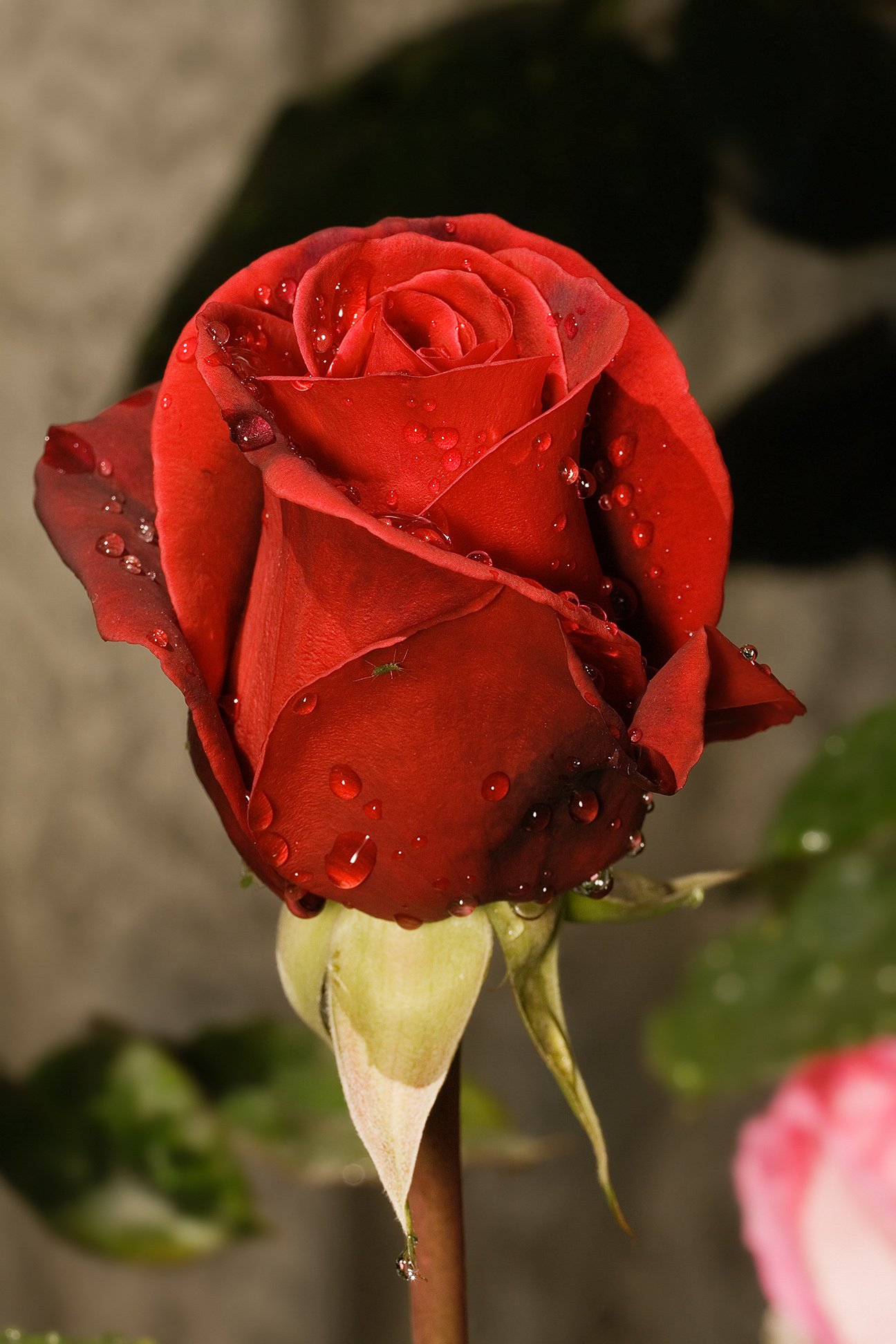
‘Camp David’, Tantau, 1984
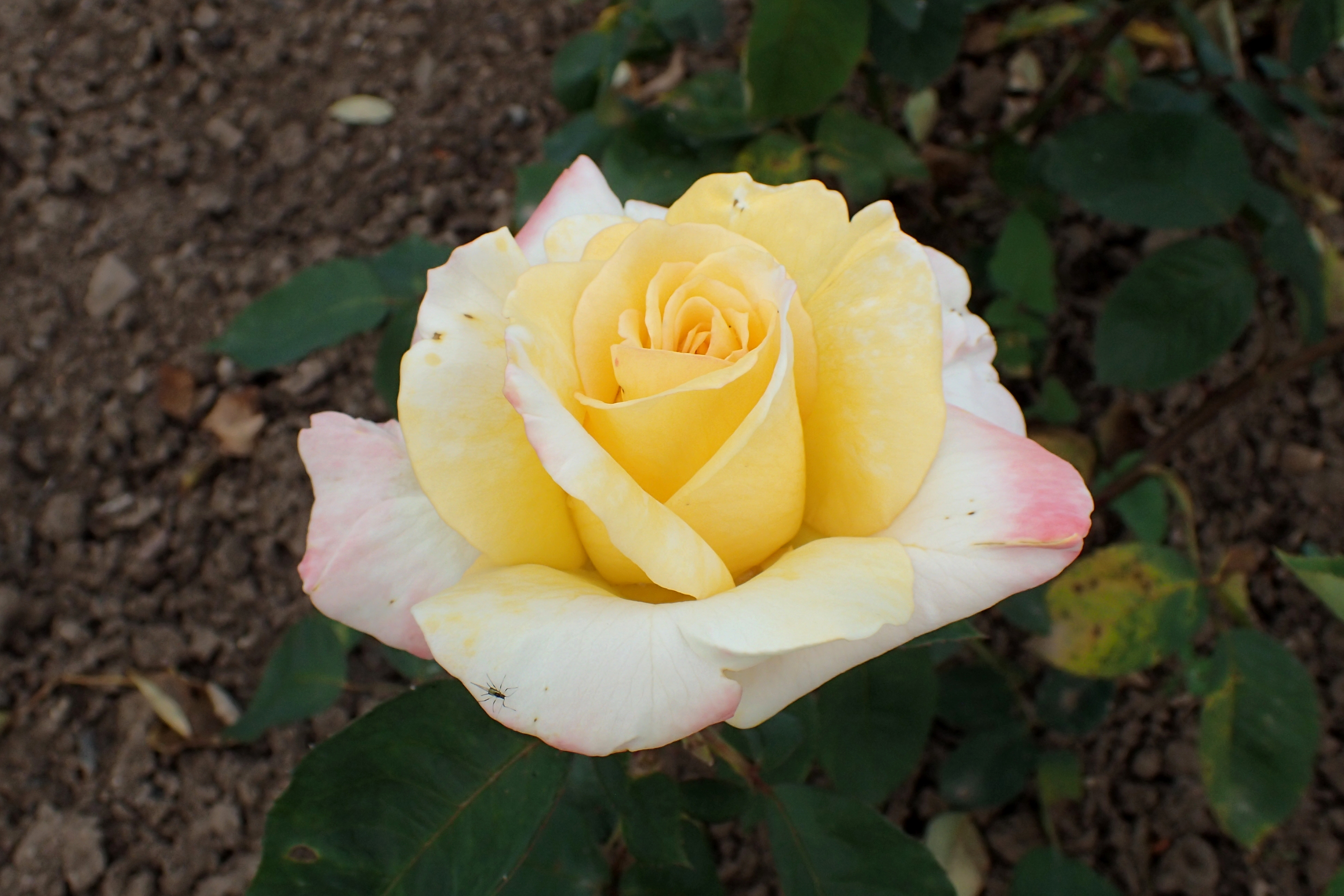
‘Canary’, Tantau, 1976
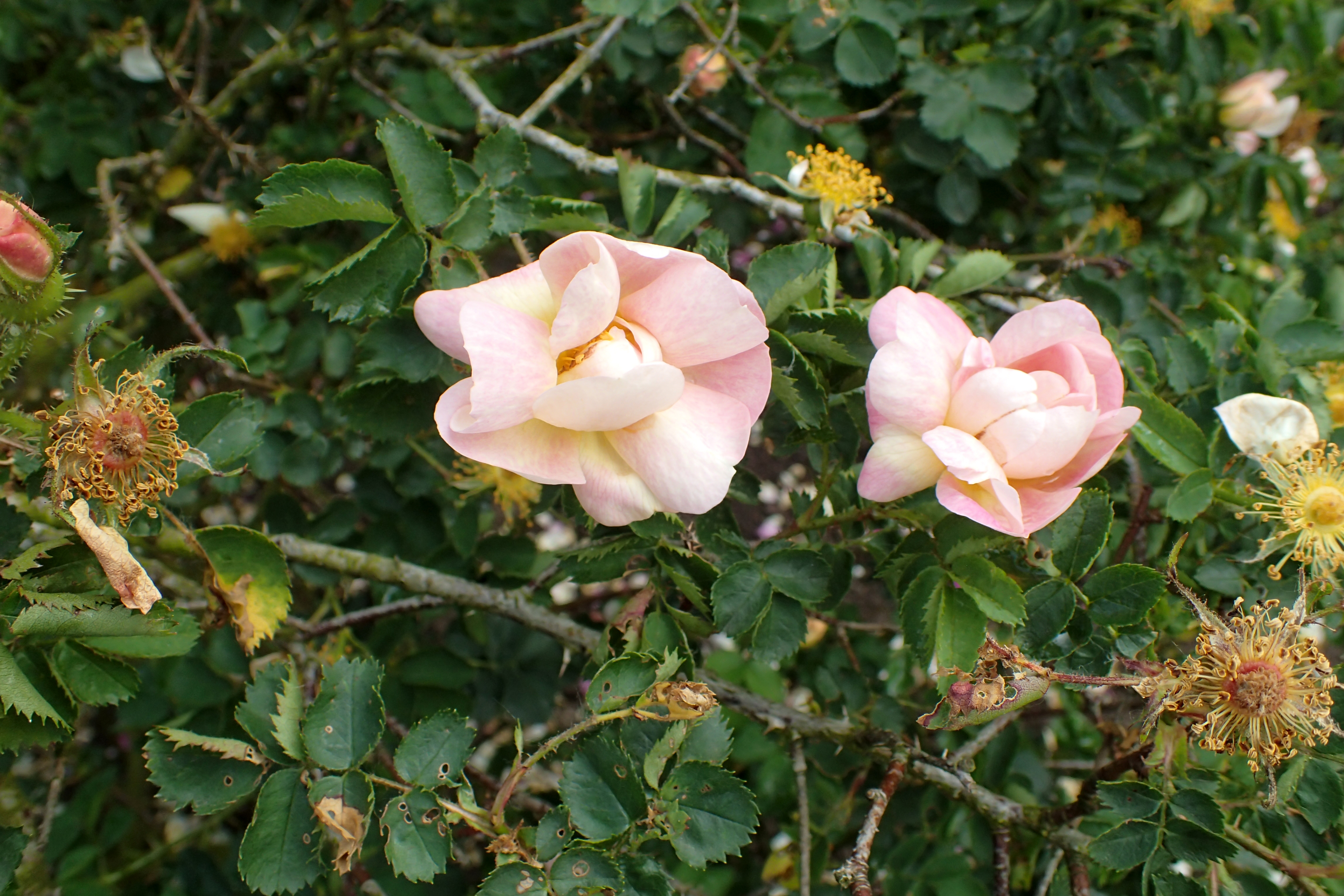
‘Canary Bird’, W. Paul & Son, 1922
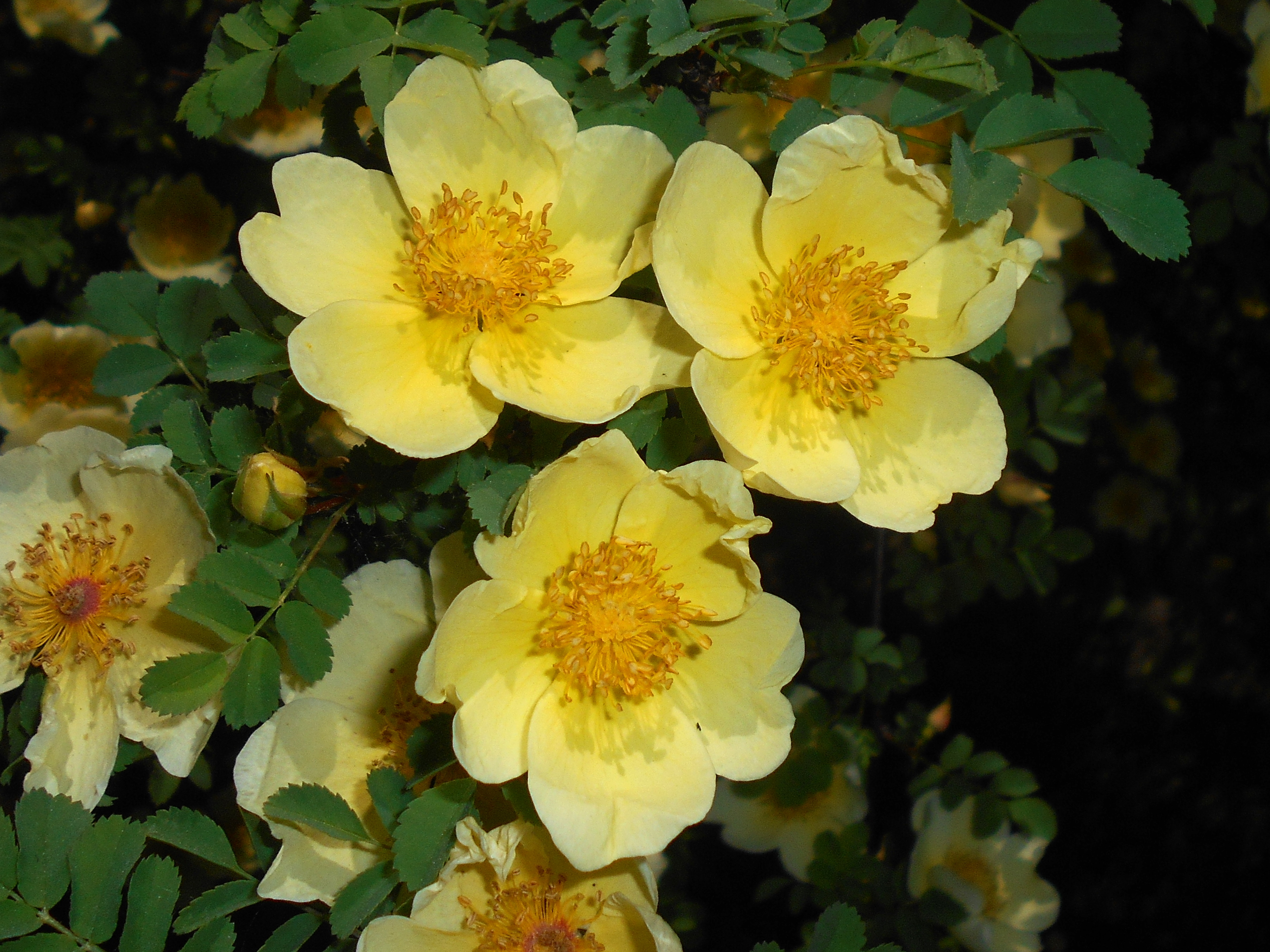
‘Canary Bird’, Rosa xanthina, vor 1945
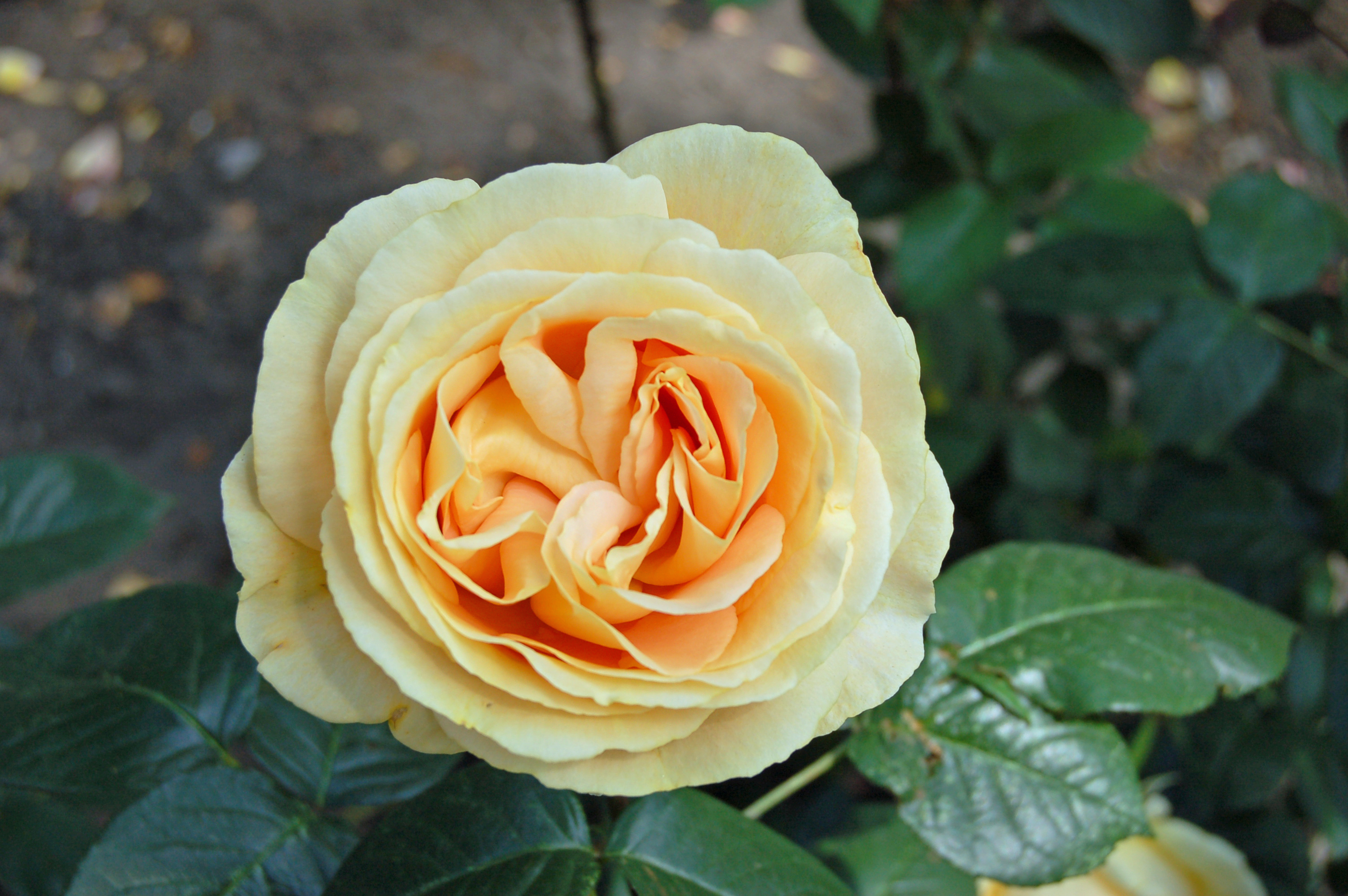
‘Candle Light’, Tantau, 2001
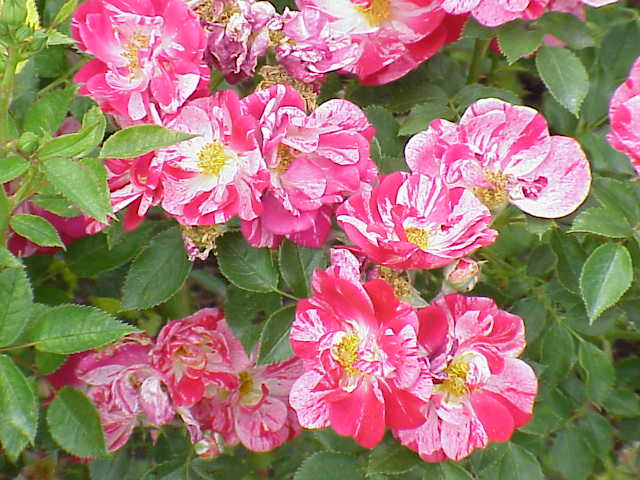
‘Candy Cover’, Poulsen, 1996
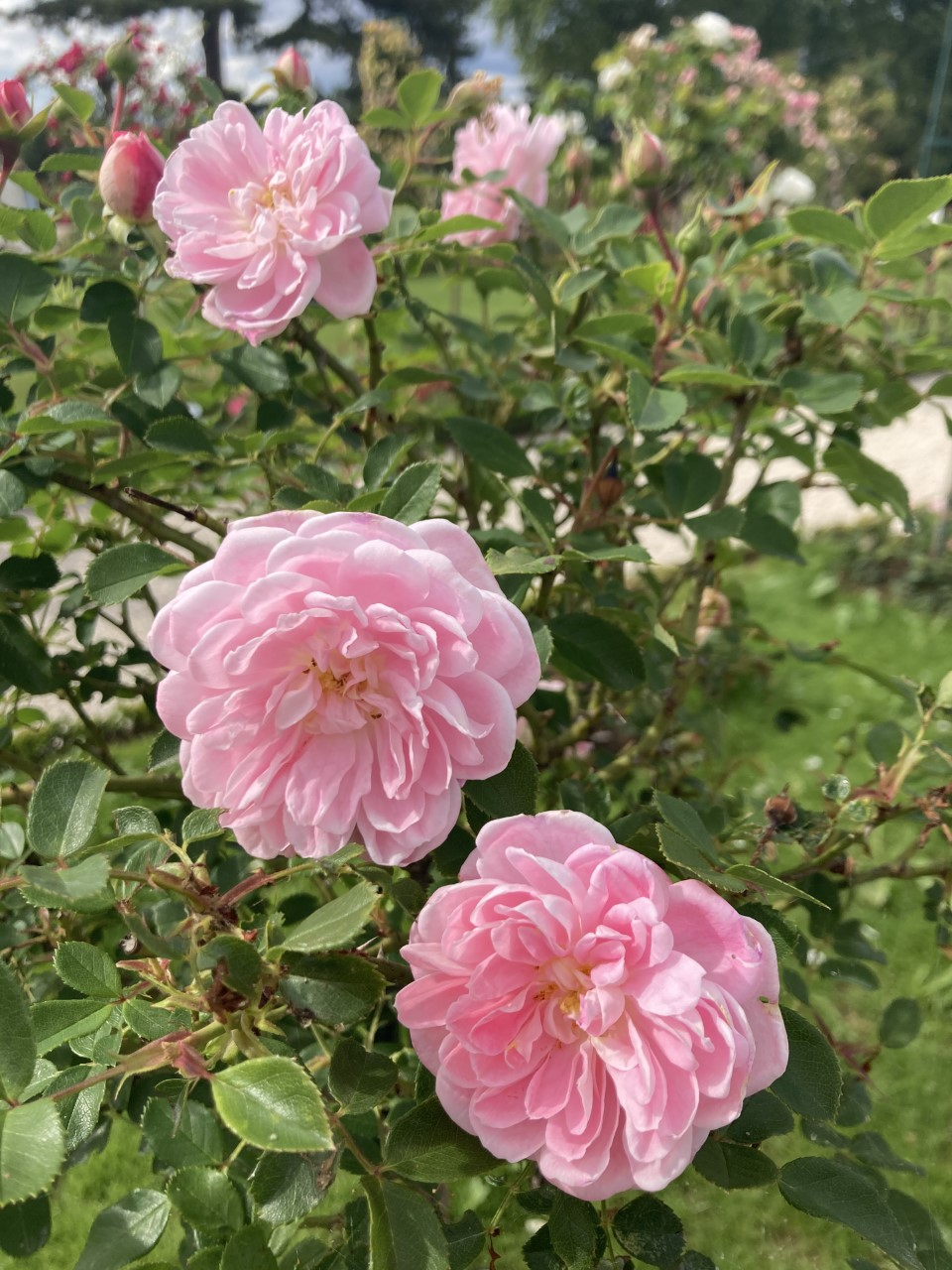
‘Candy Girl’, Tantau, 2012
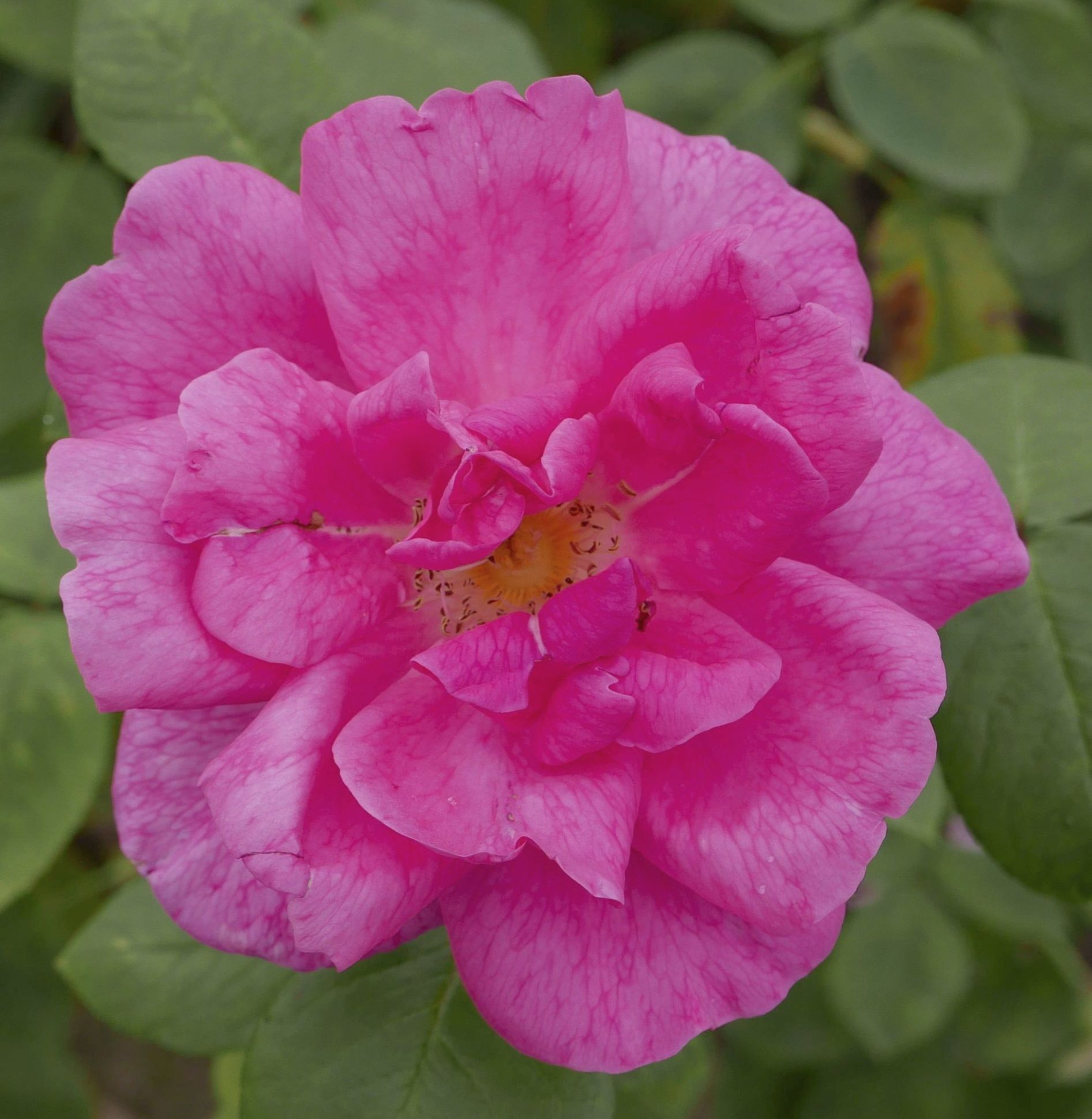
‘Canterbury’, Austin, 1969
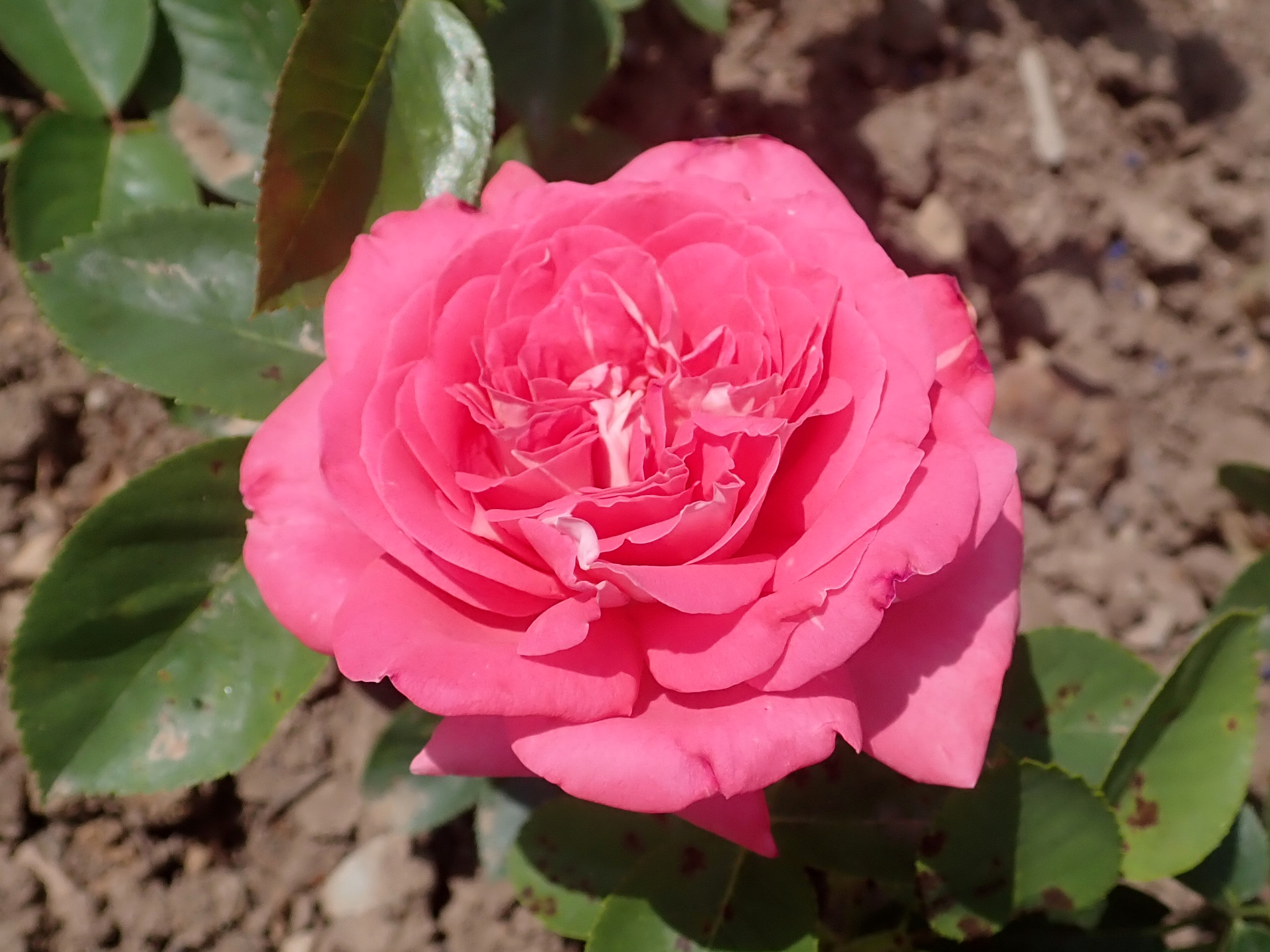
‘Cantilena Bohemica’, Josef Havel, 1977
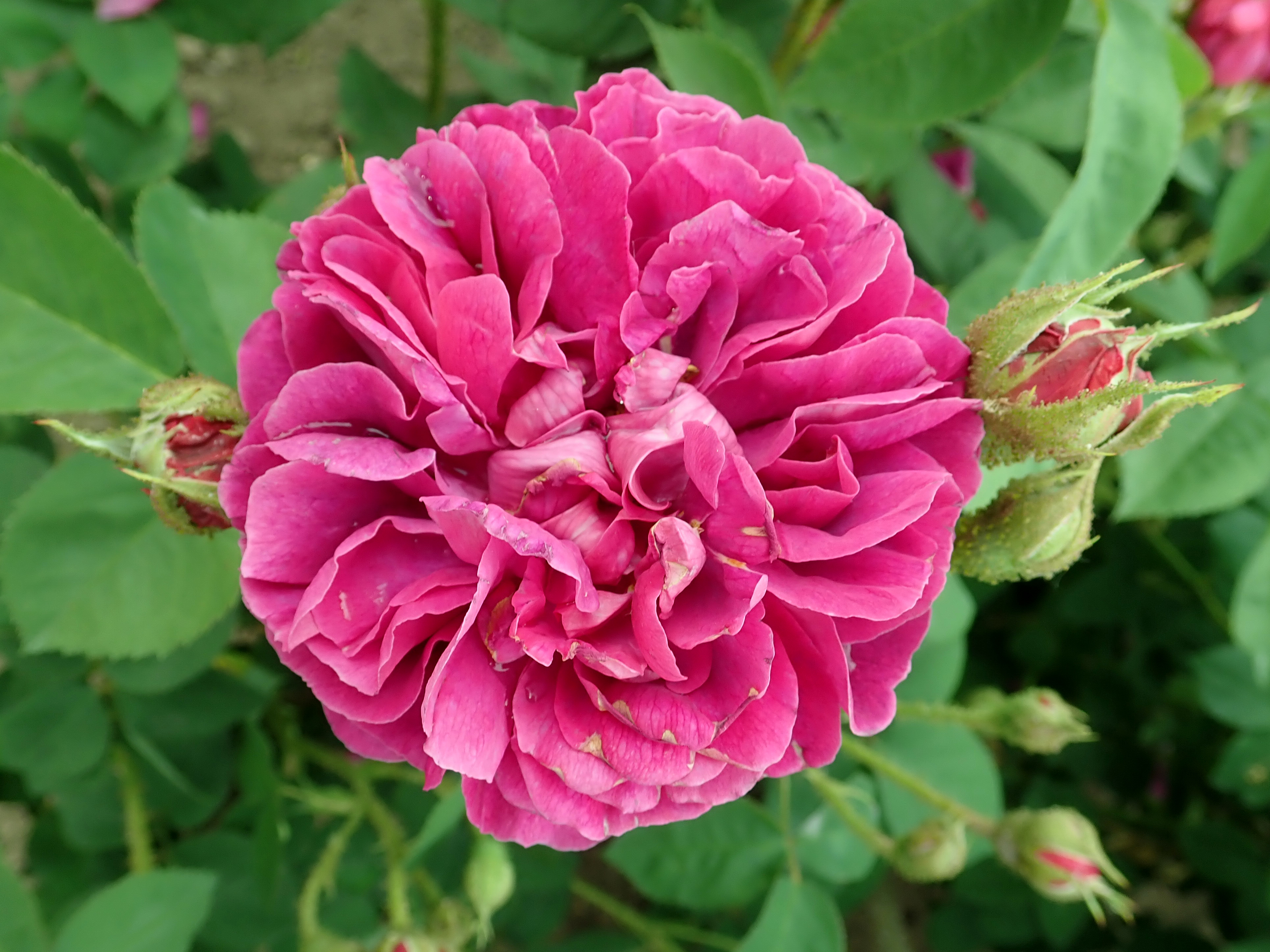
‘Capitaine Basroger’, Moreau-Robert, 1890
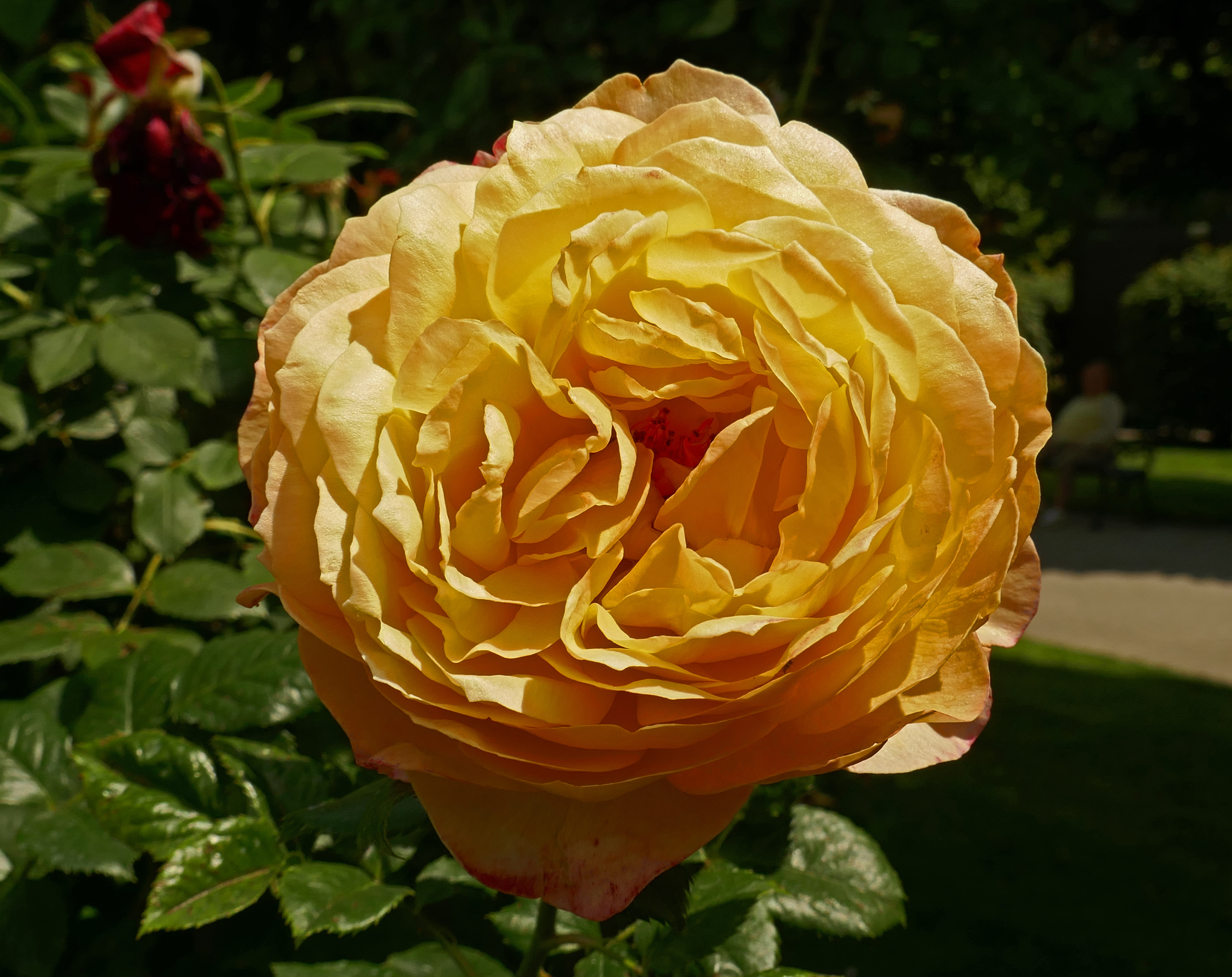
‘Capri’, Tantau, 2008
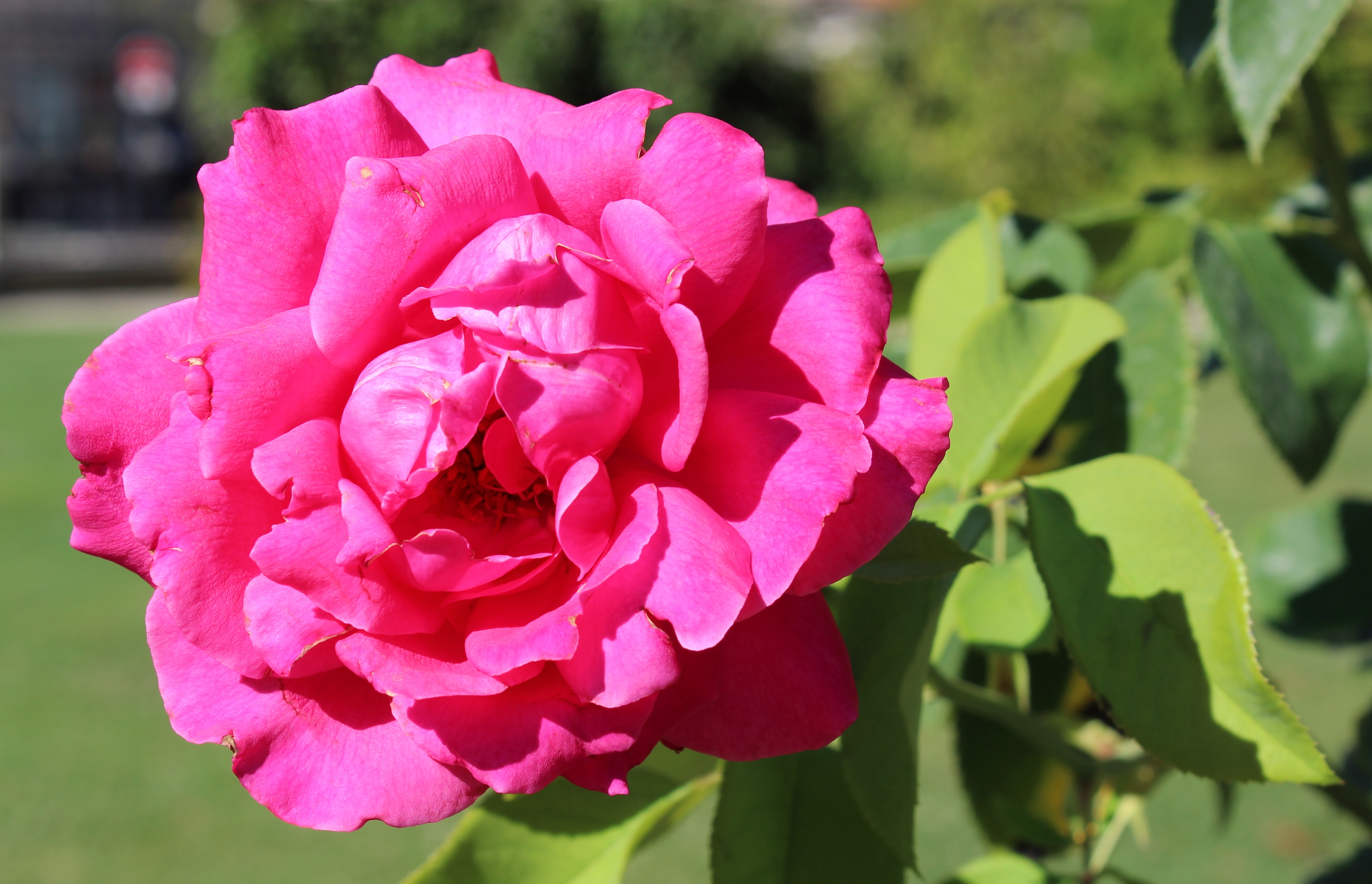
‘Caprice de Meilland’, Meilland, 1997
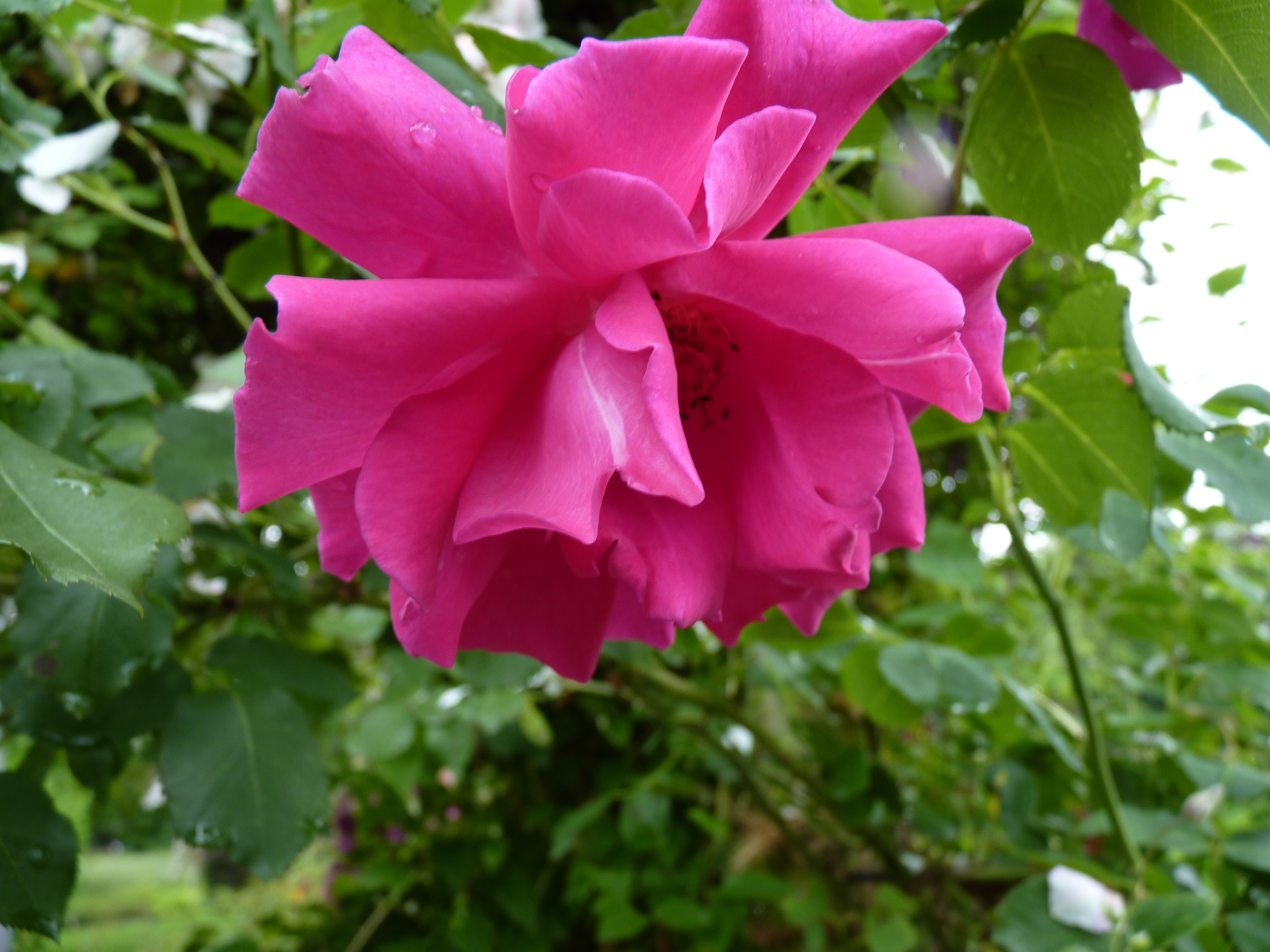
‘Captain Kidd’, Horvath, 1934
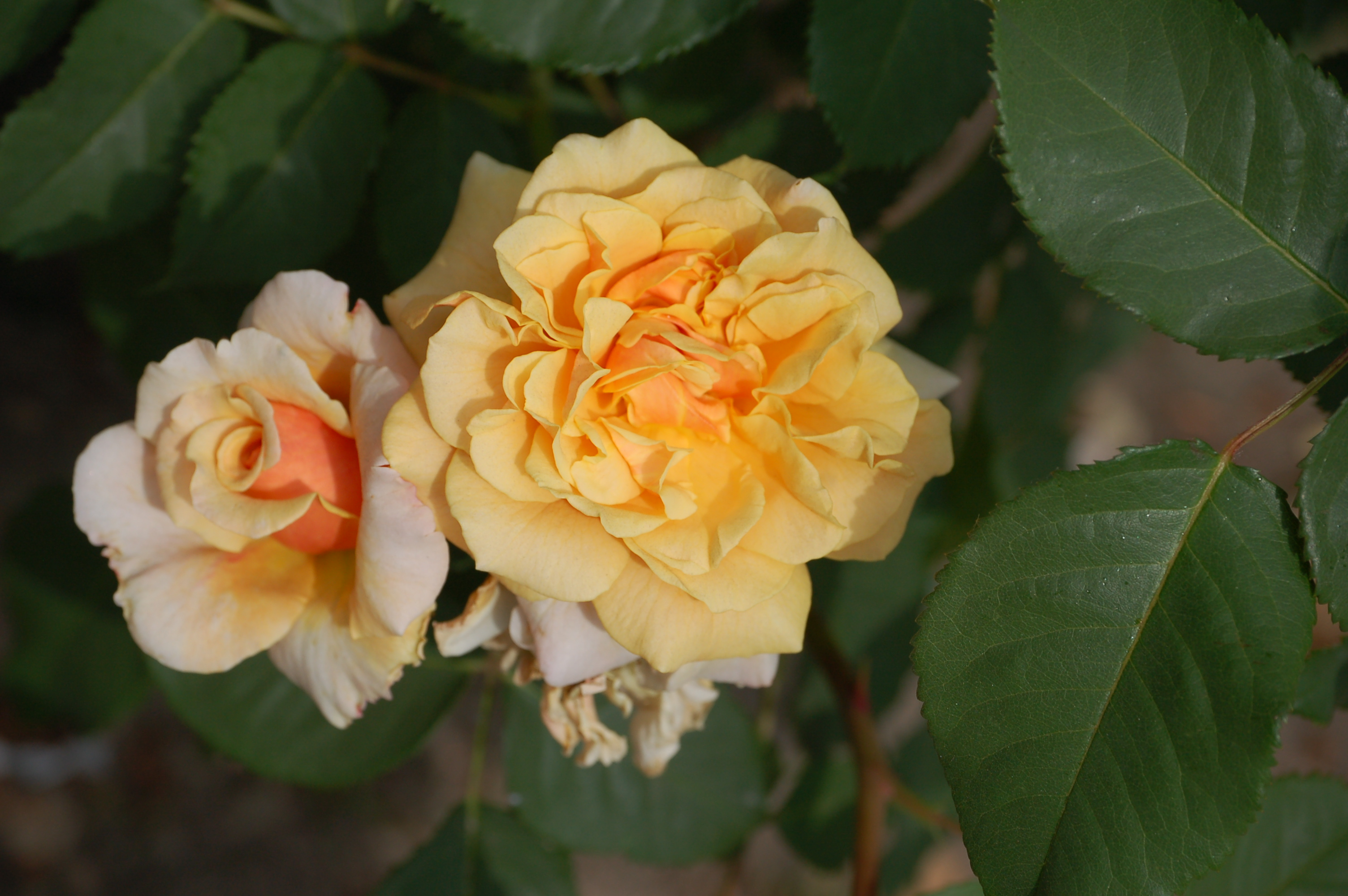
‘Caramella’, Kordes, 2004
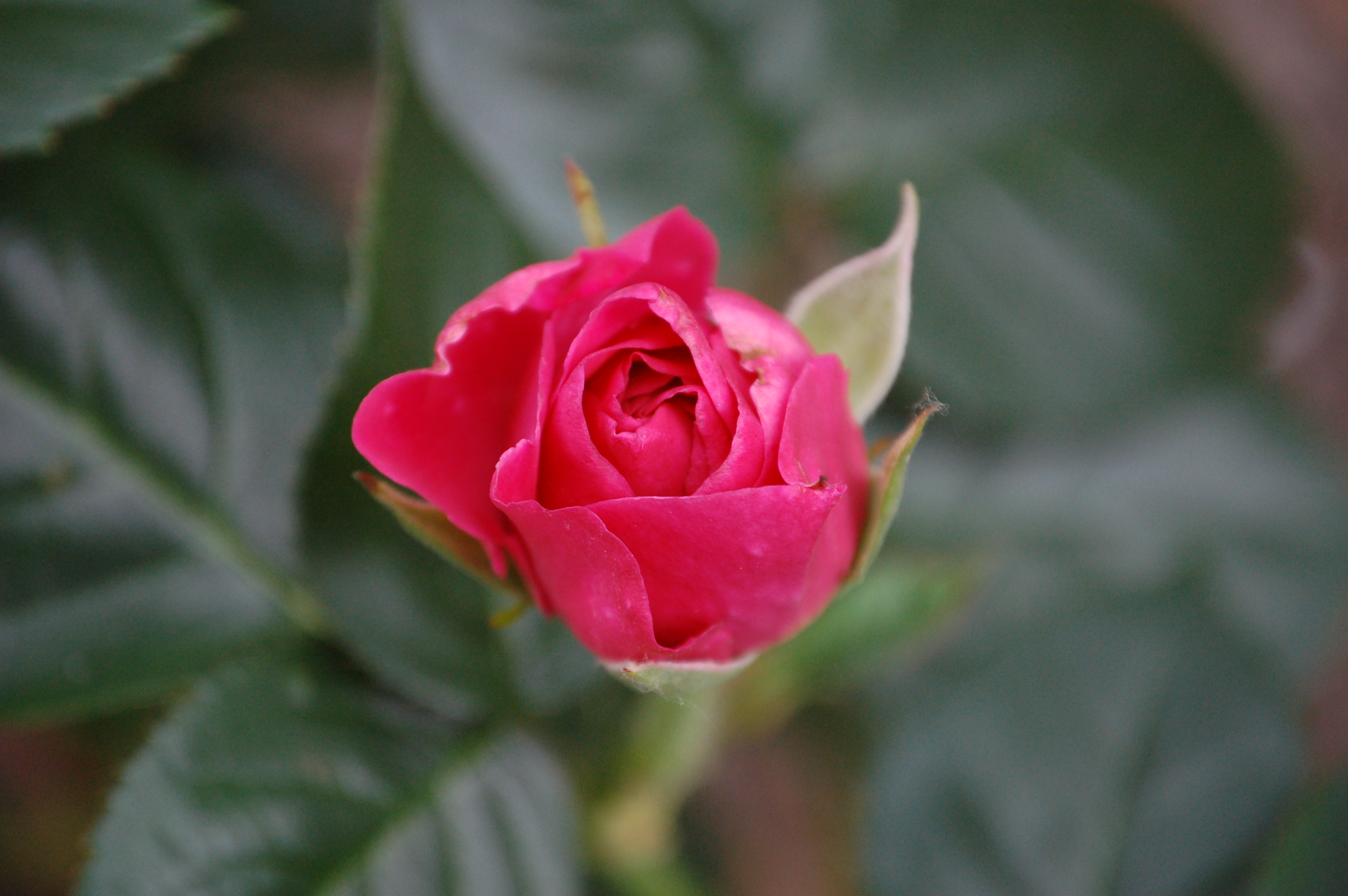
‘Carat’, Tantau, 2006
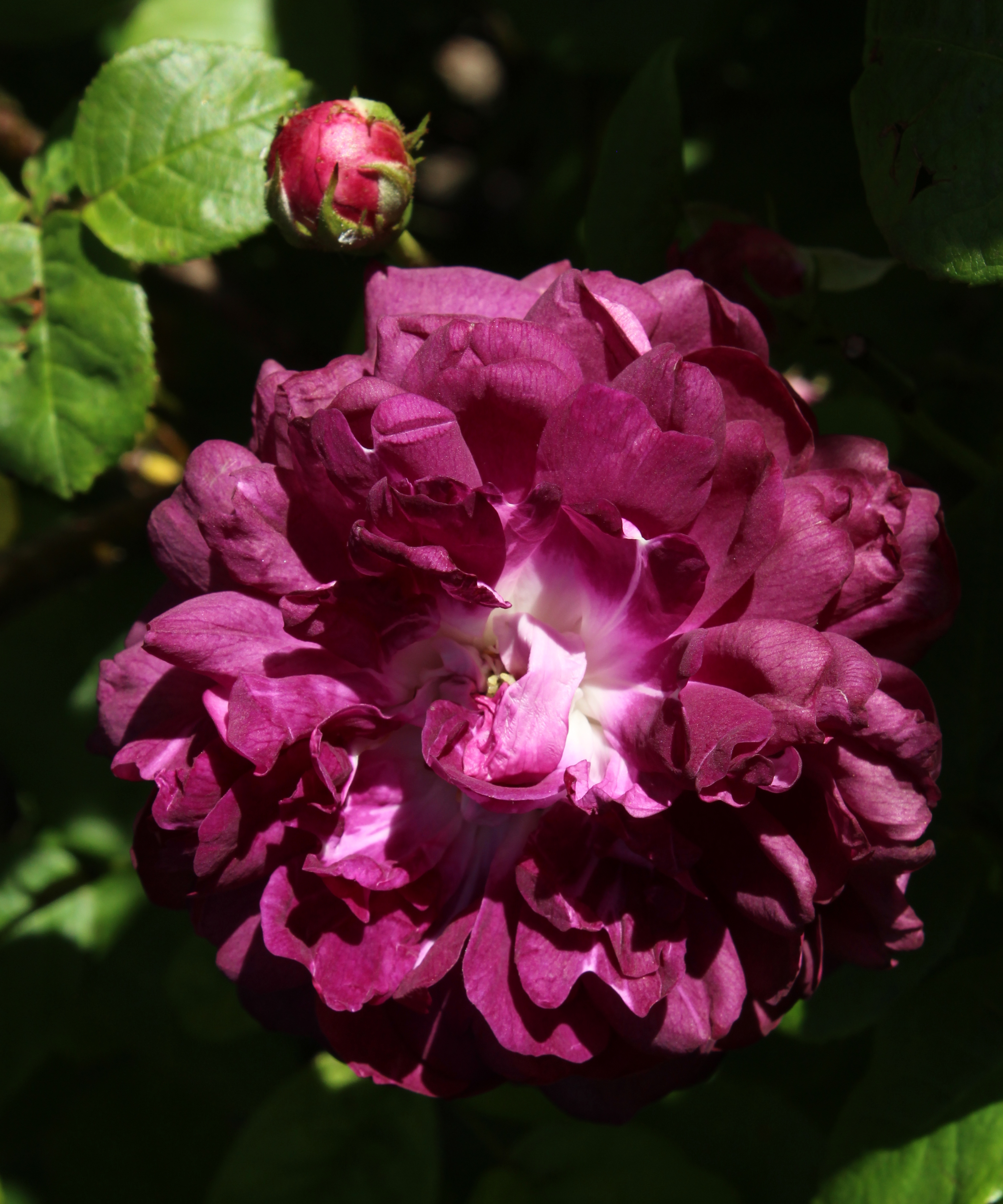
‘Cardinal de Richelieu’, Parmentier, vor 1847
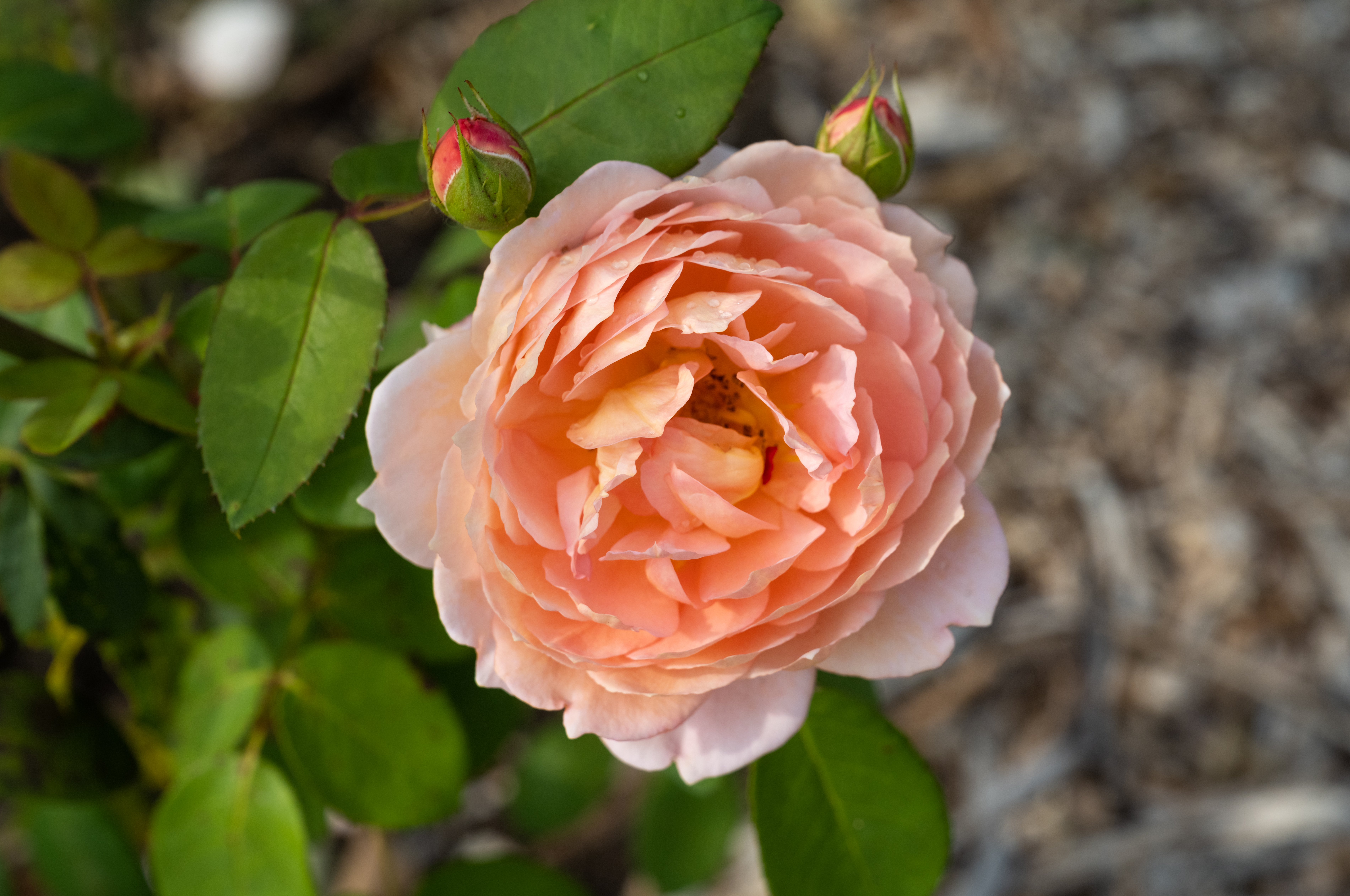
‘Carding Mill’, David Austin, 2004
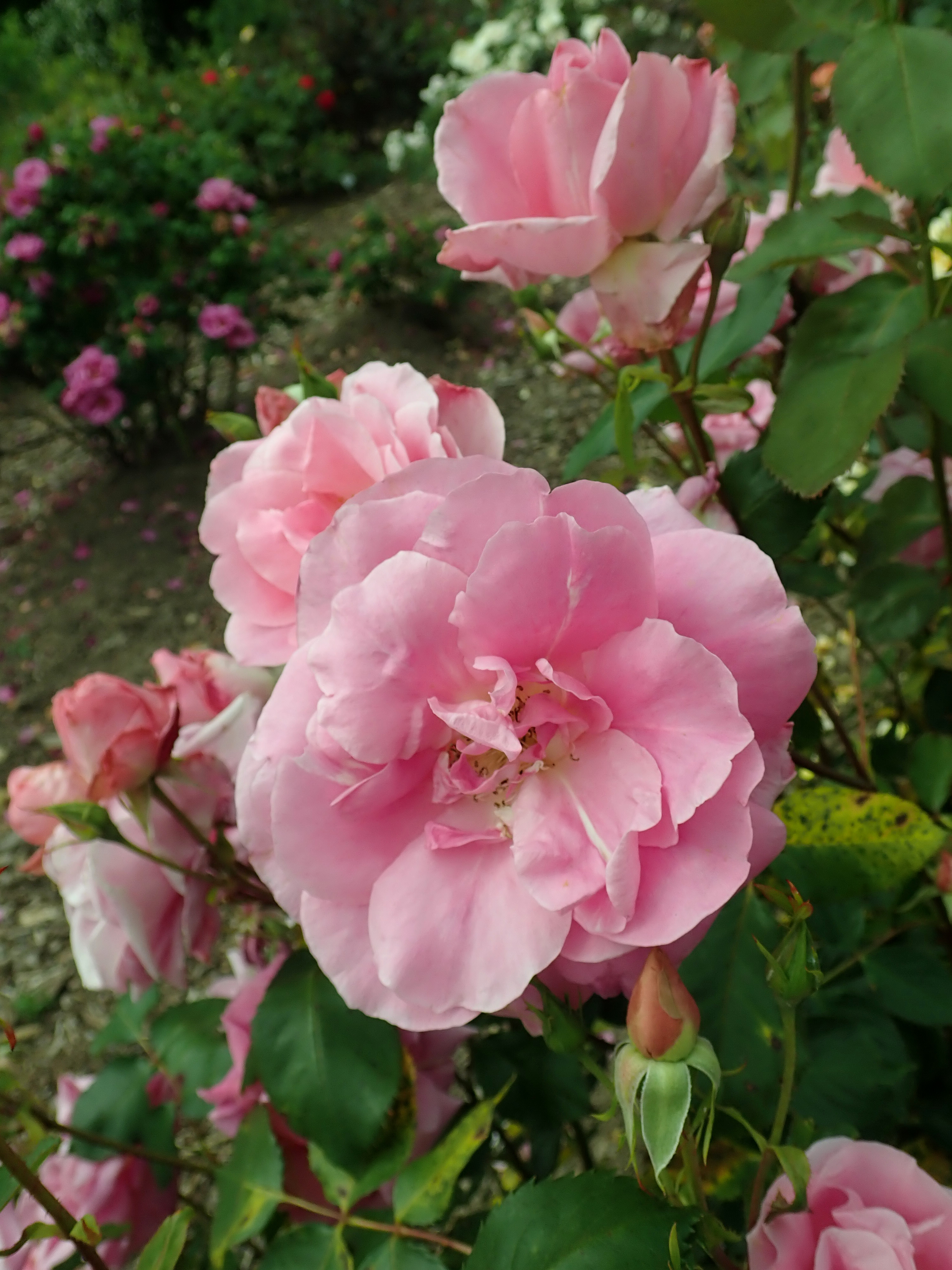
‘Carefree Beauty’, Dr. Griffith J. Buck, vor 1976
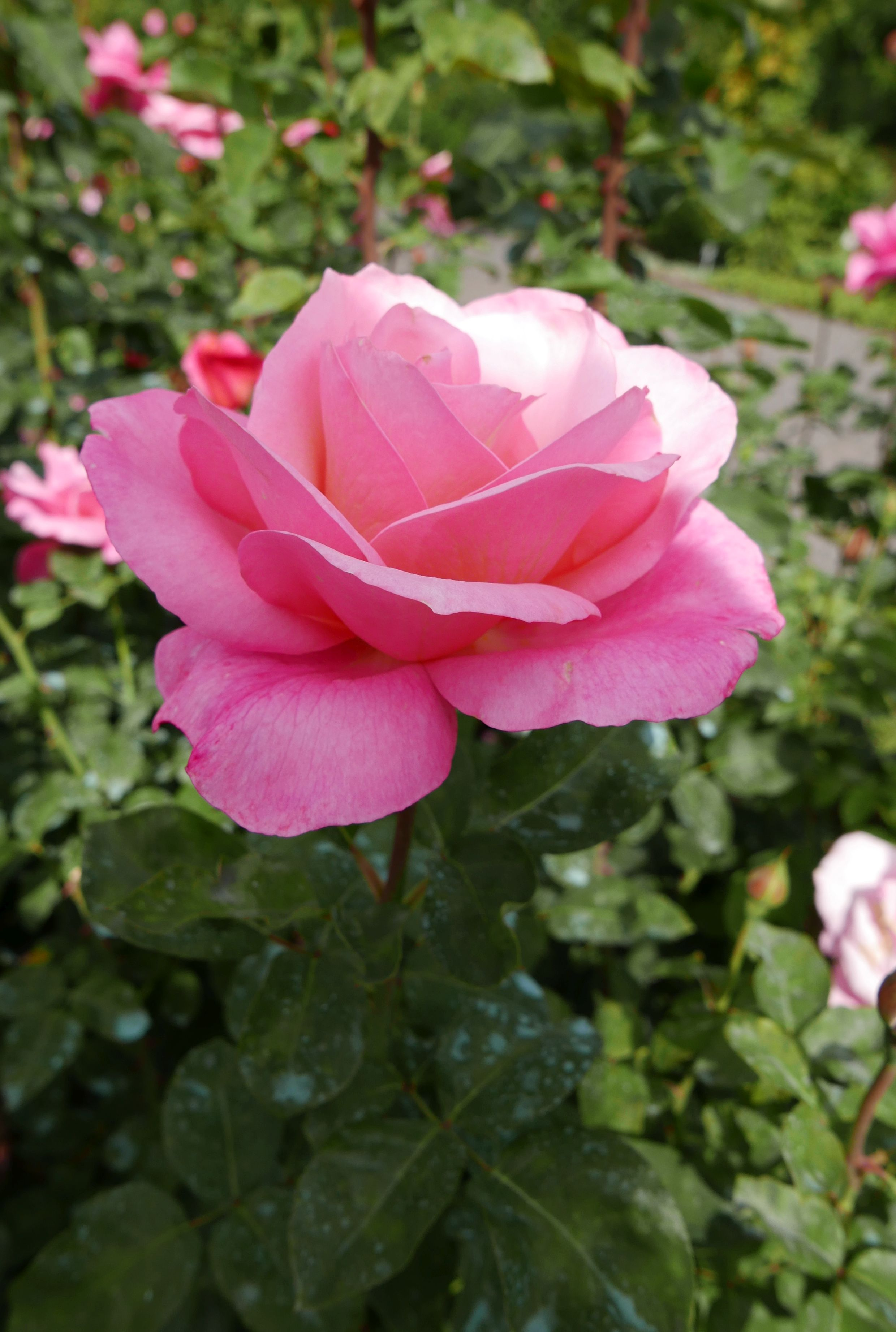
‘Carina’, Meilland, 1963
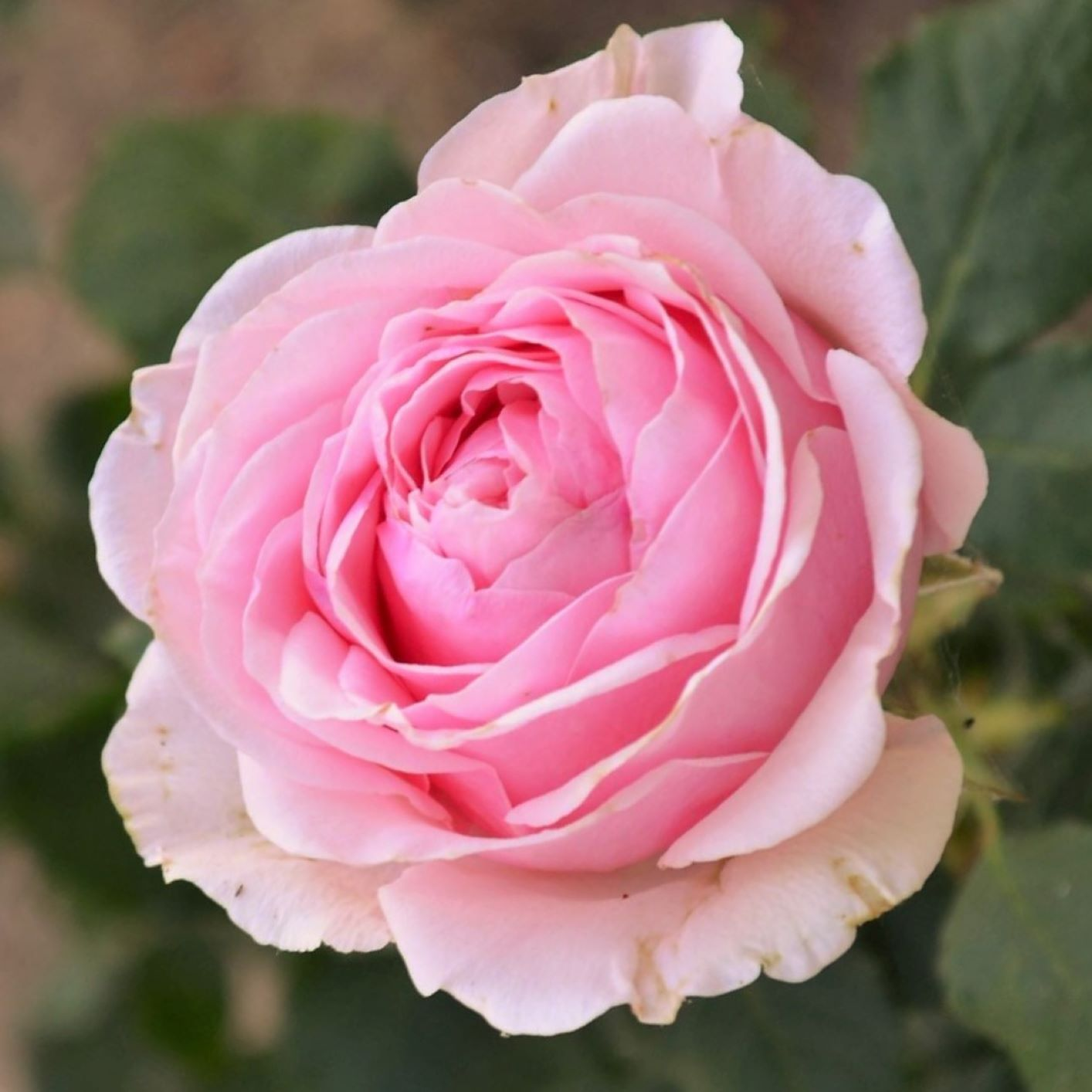
‘Carinella’, Meilland, 1973
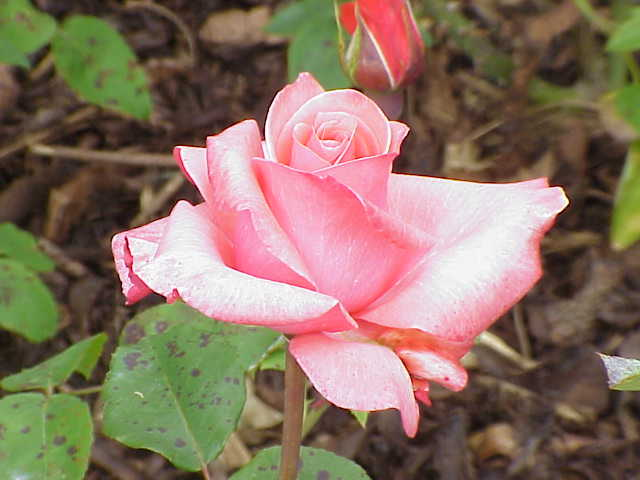
‘Carlita’, Kamrad, 1975
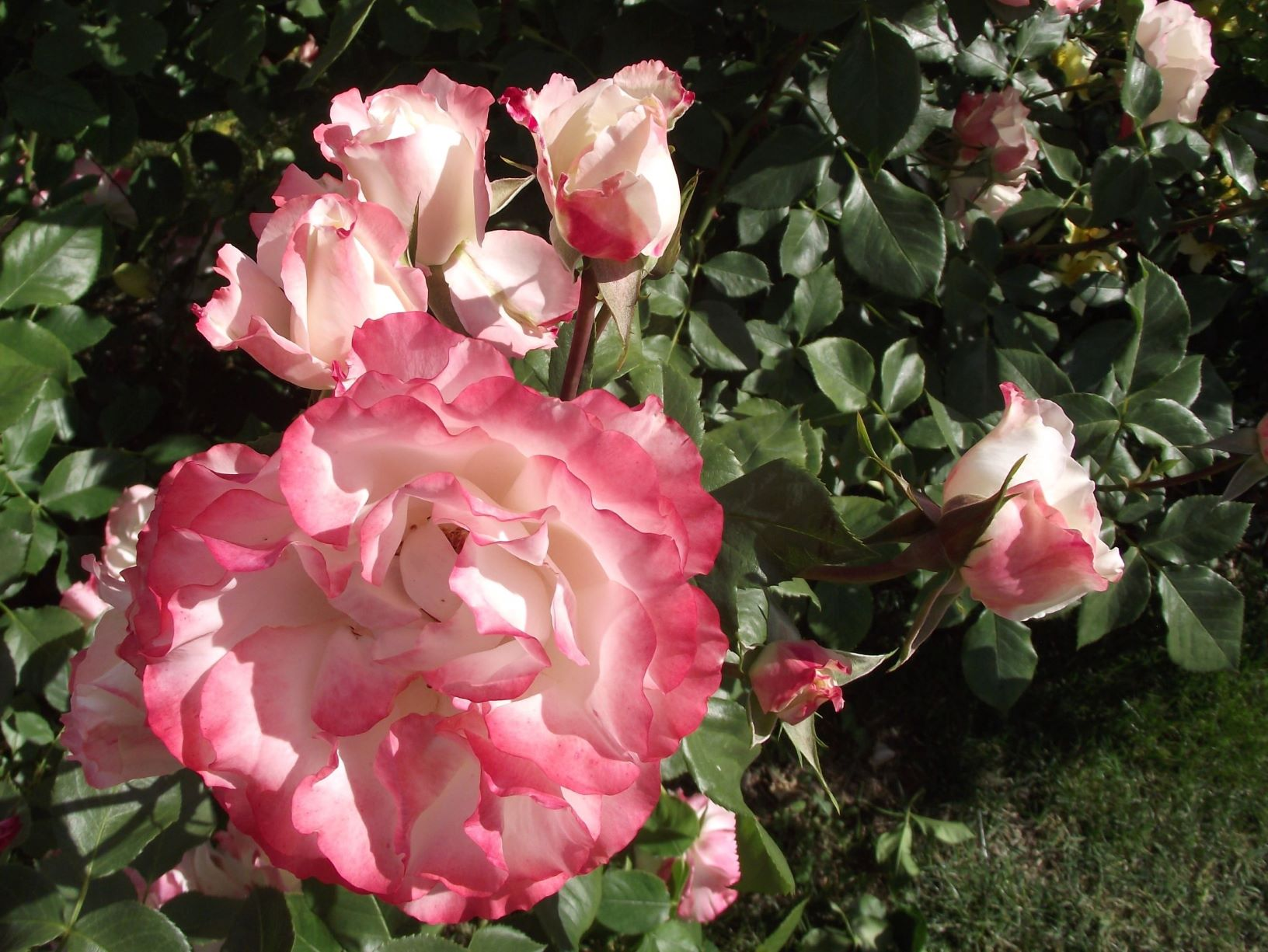
‘Carmagnole’, André Delbard-Chabert, 1990
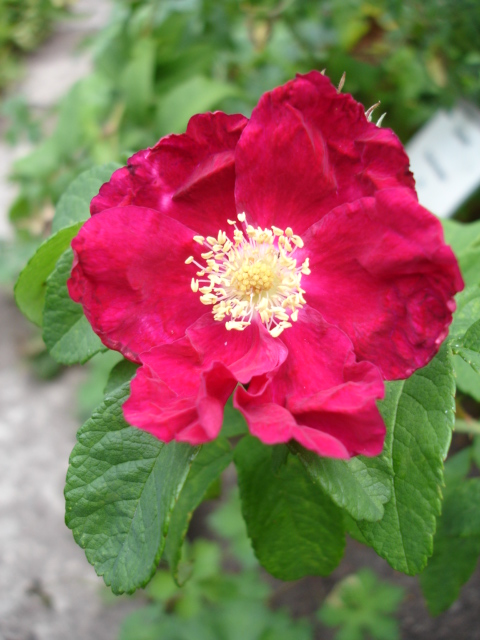
‘Carmen’, Peter Lambert, 1906
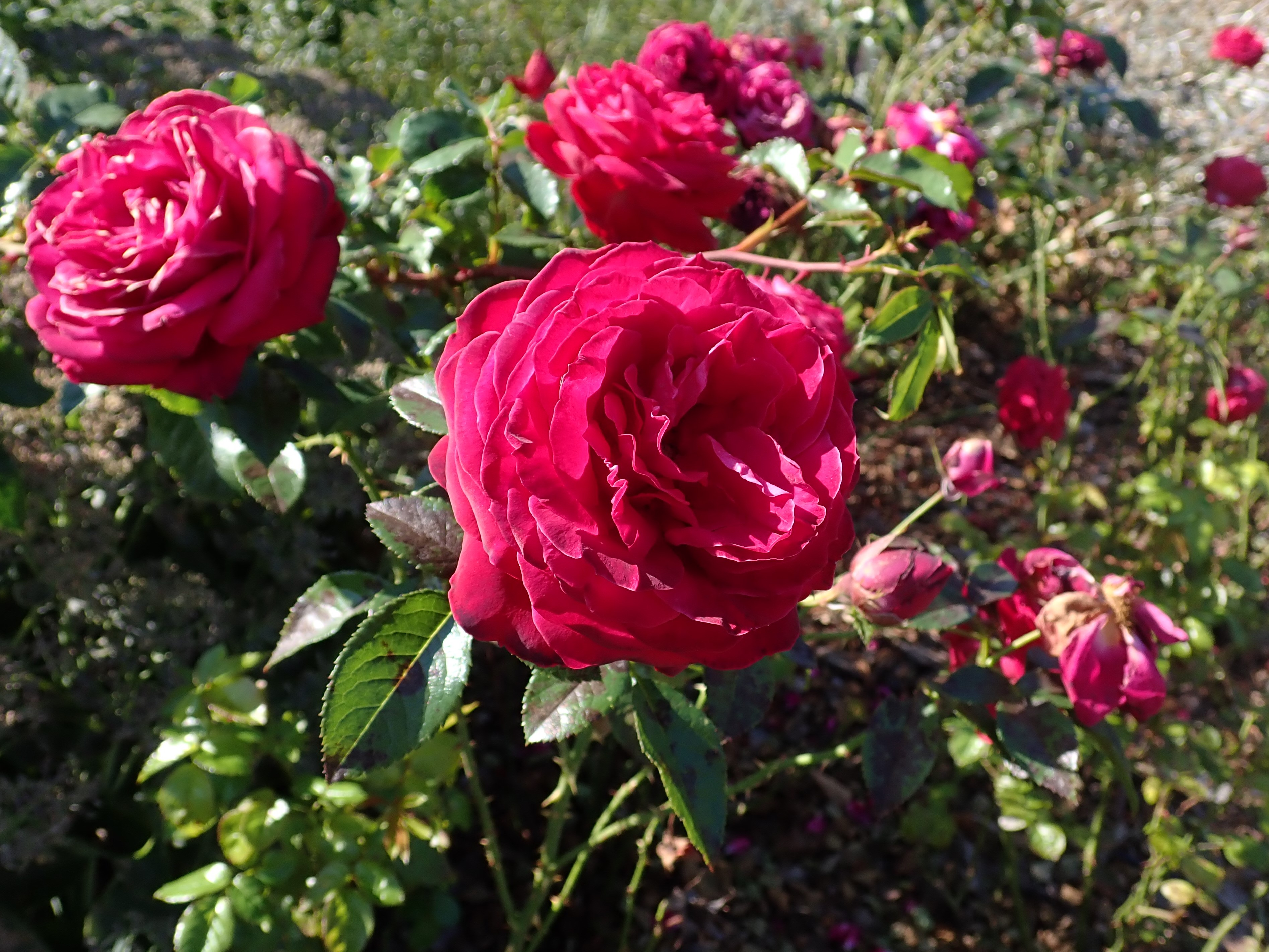
‘Carmen (2019)’, Harkness, vor 2019
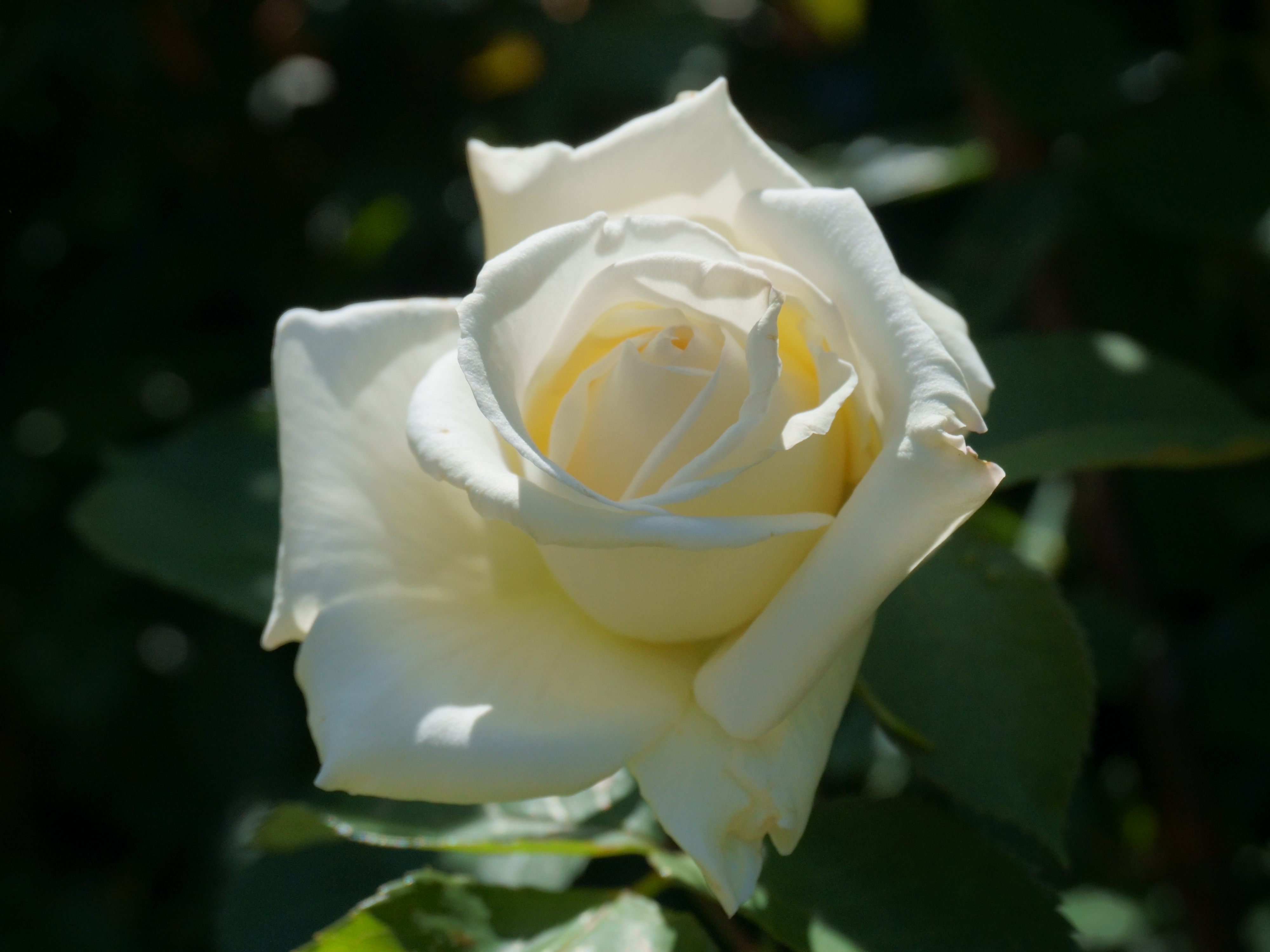
‘Caroline de Monaco’, Meilland, 1988
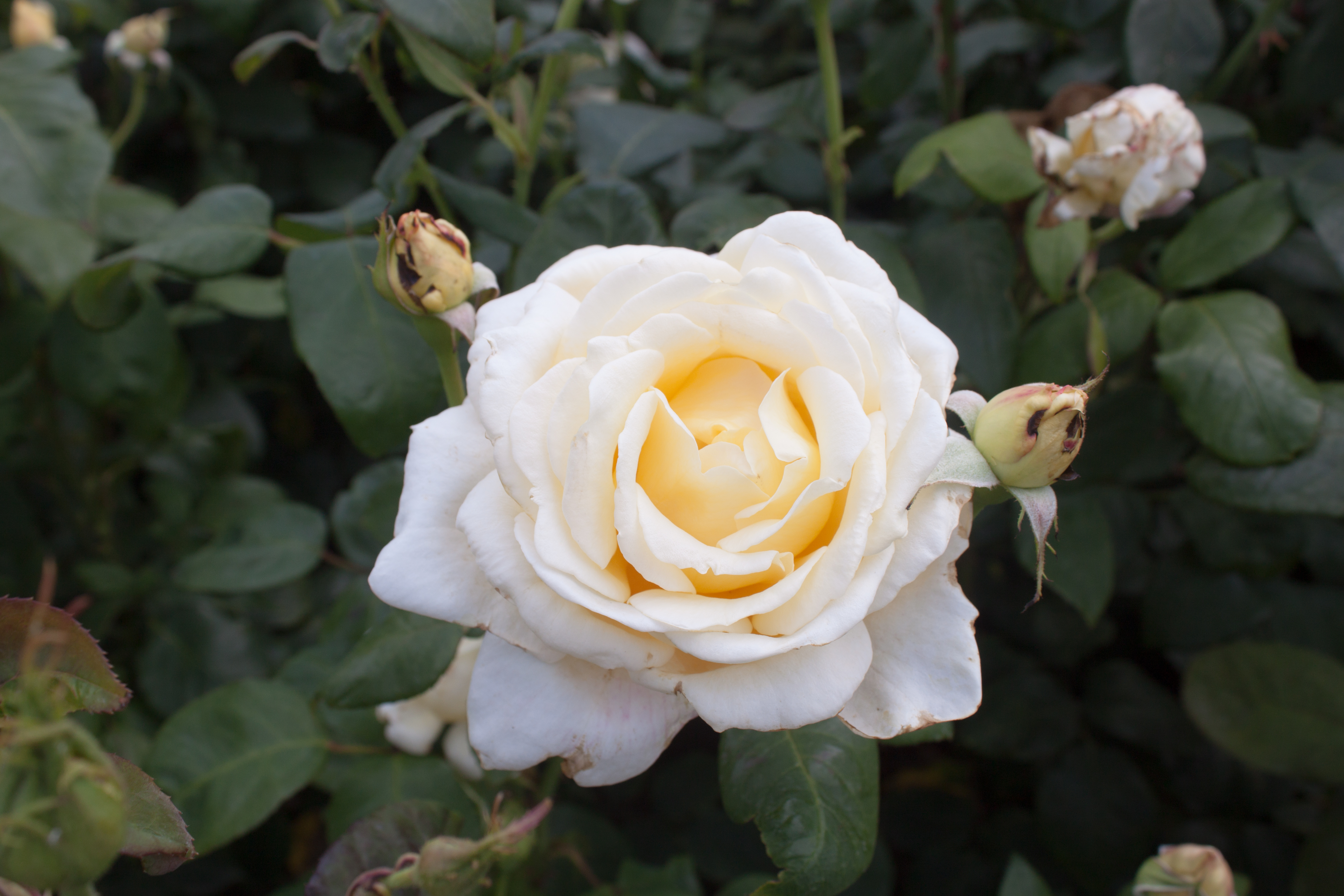
‘Caroline Victoria’, Harkness, 2006
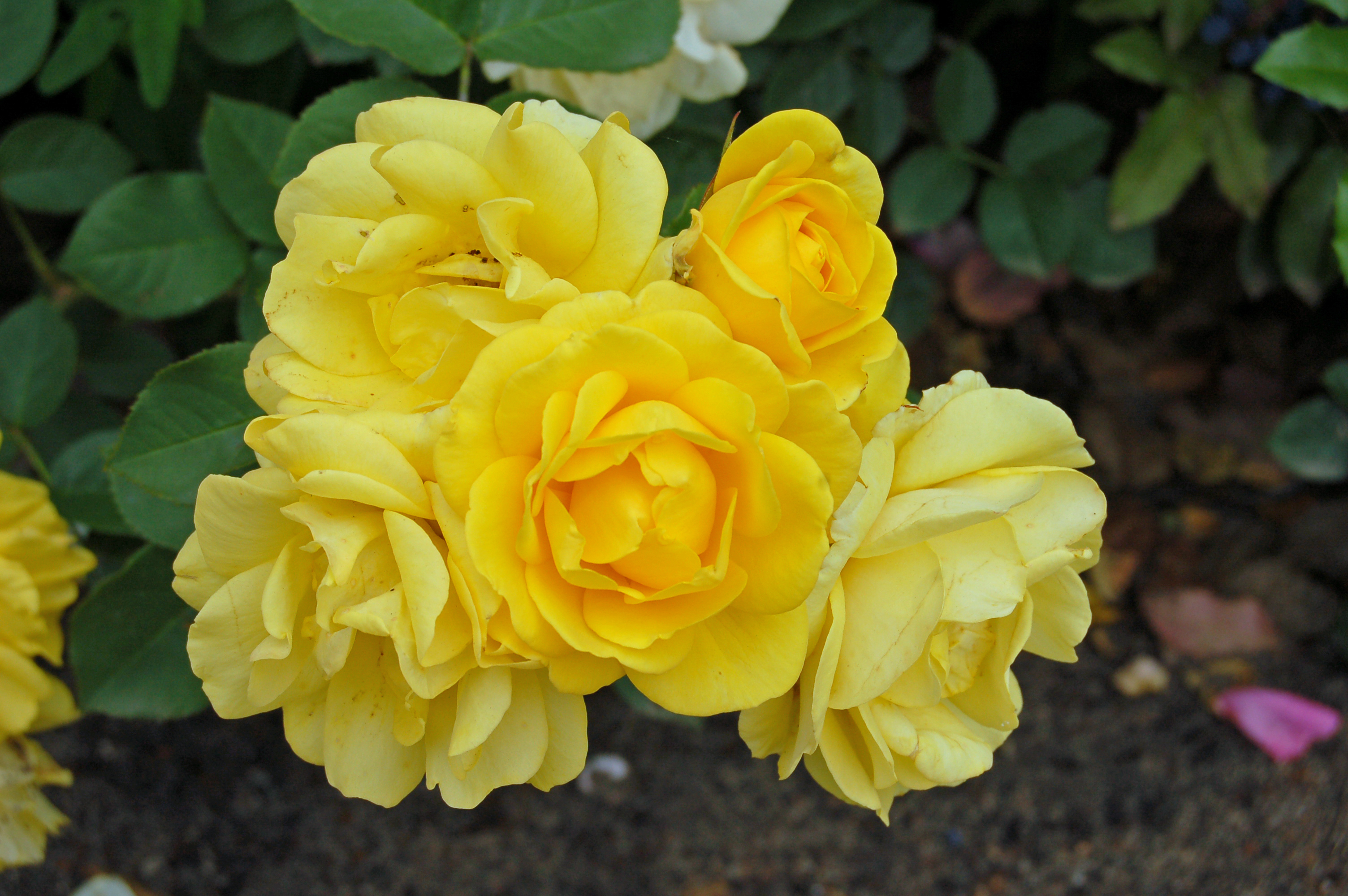
‘Carte d’Or’, Meilland, 2002
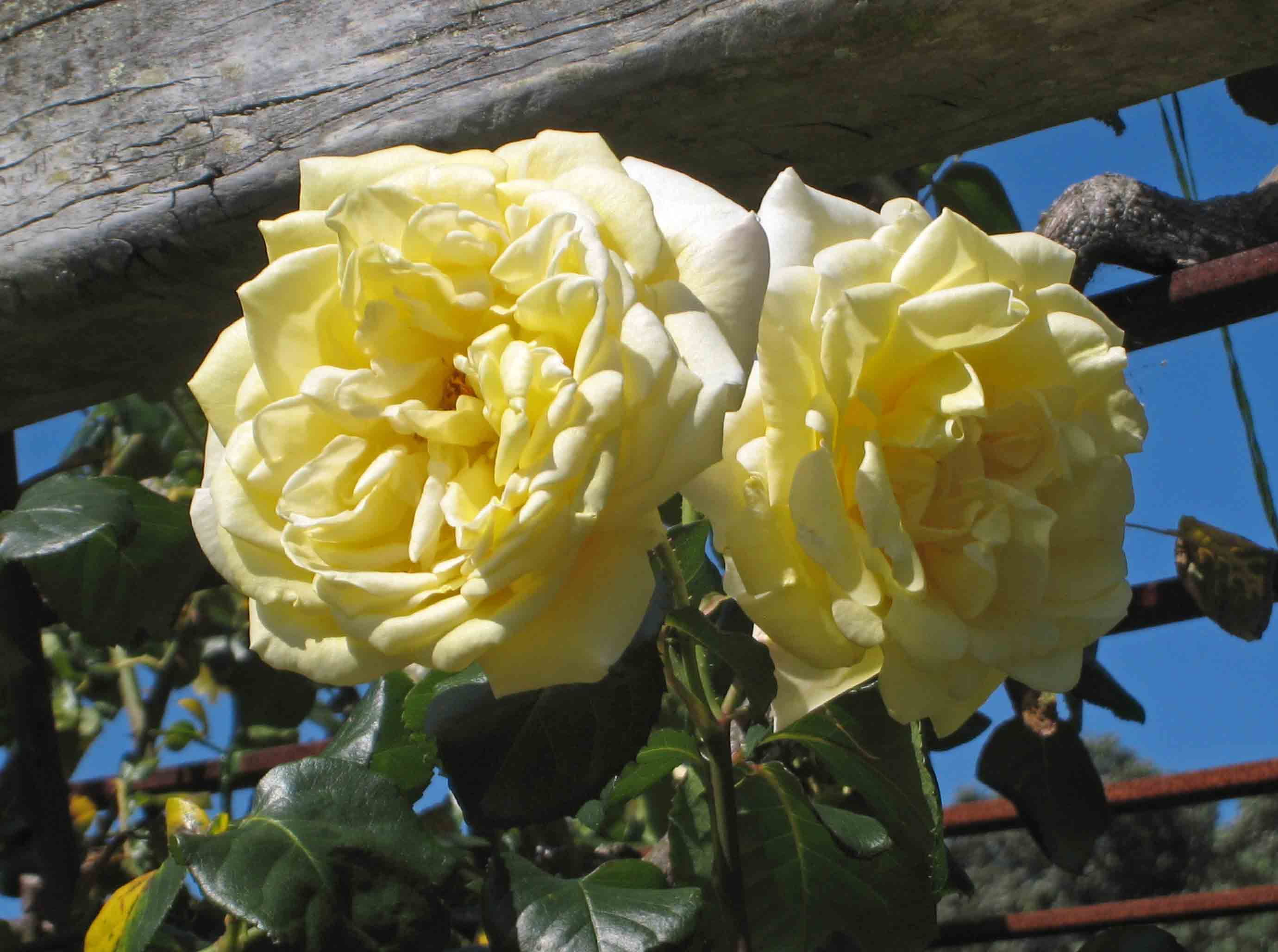
‘Casino’, Samuel Darragh McGredy IV, 1958
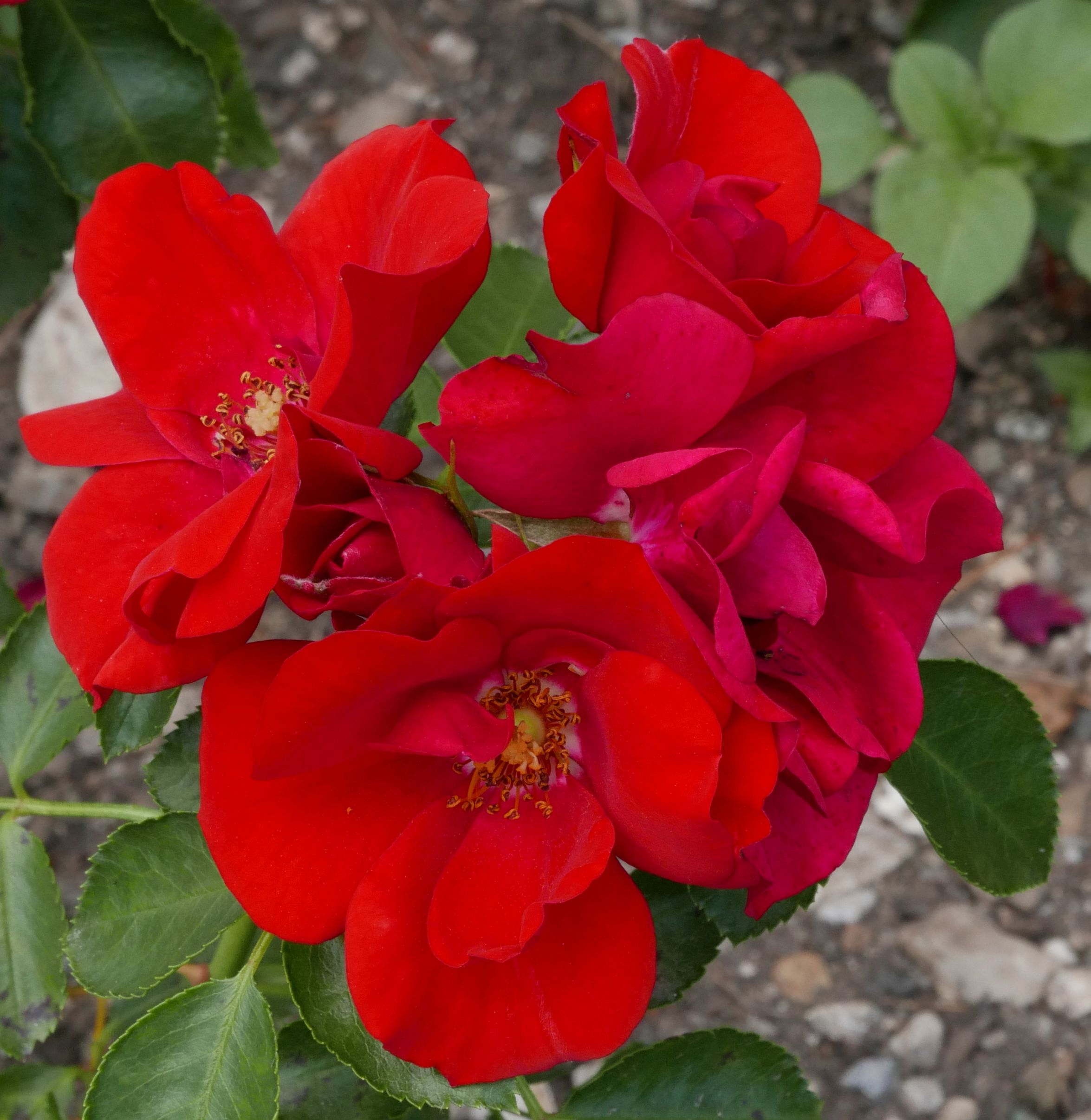
‘Cassandra’, Noack, 1998
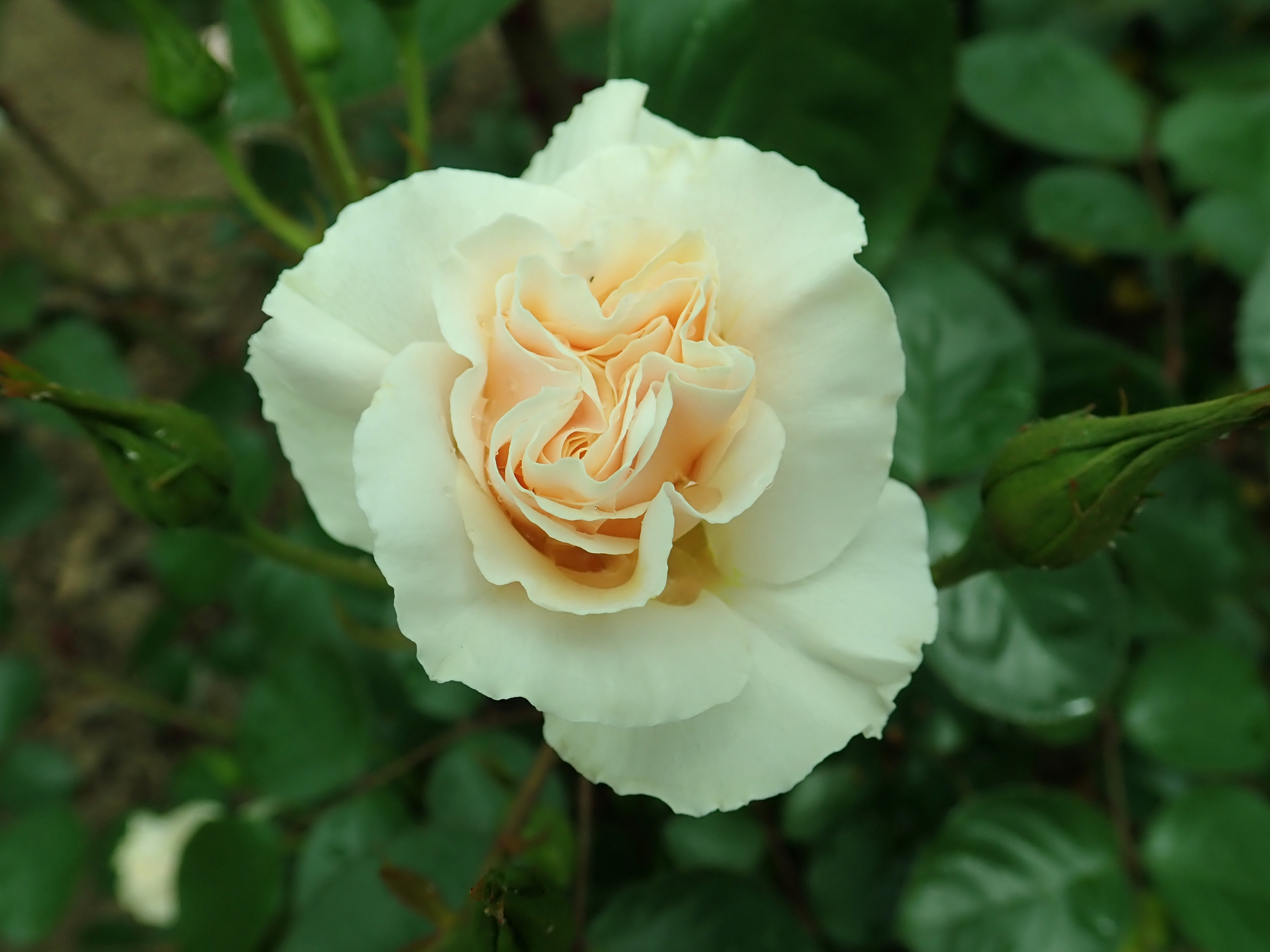
‘Cassetta’, Colin Dickson, 2002
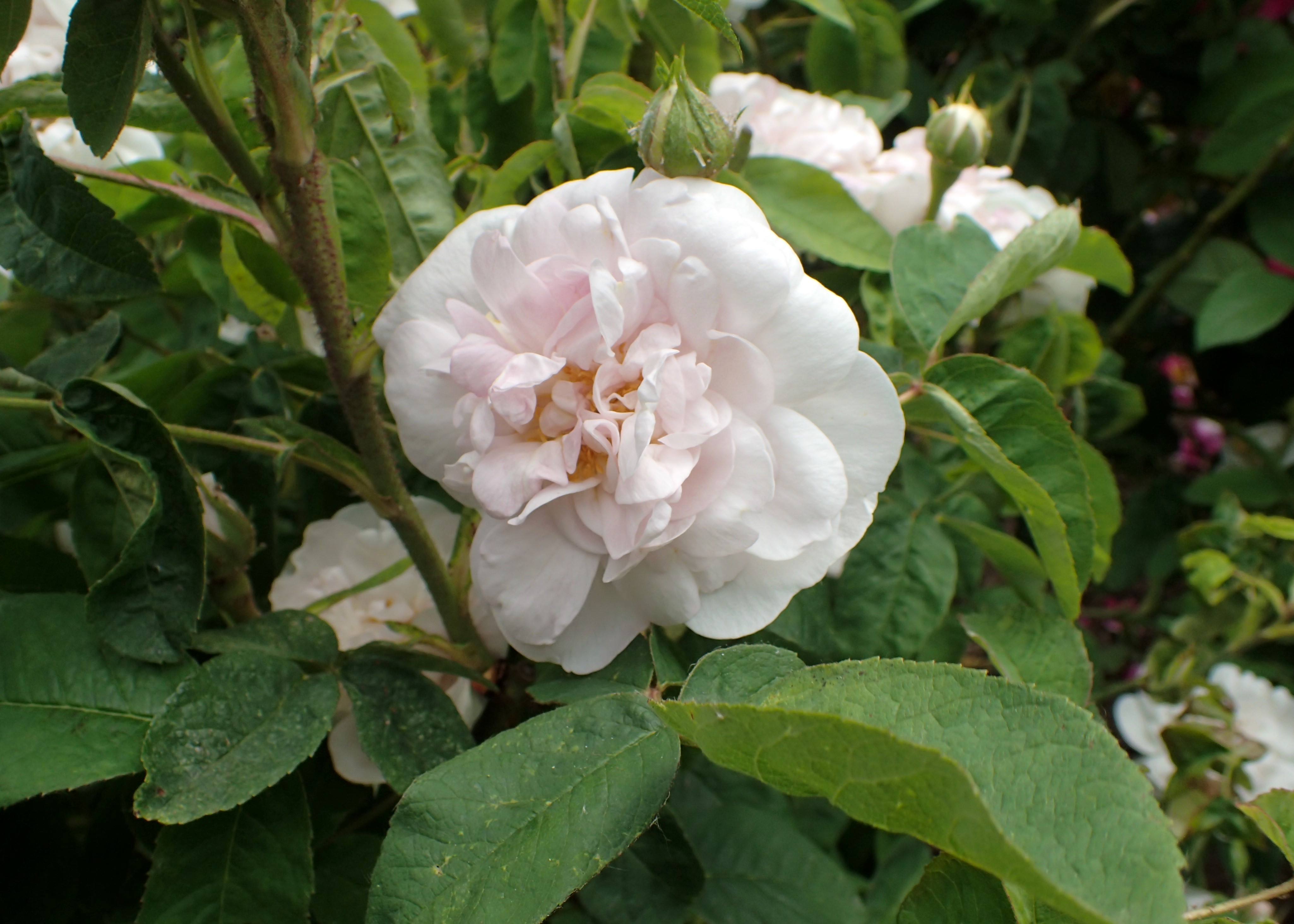
‘Catherine Ghislaine’, unbekannt, 1885
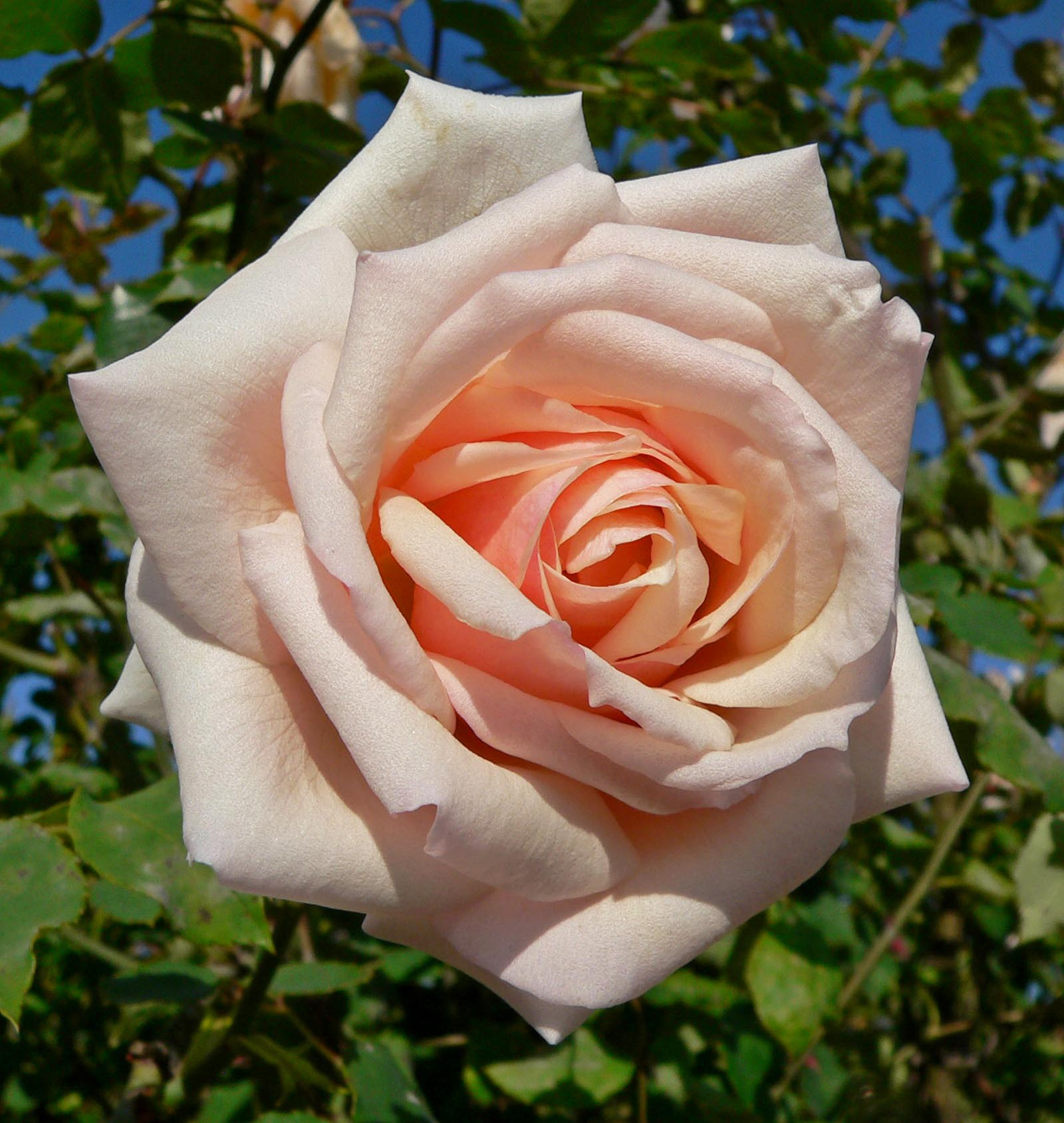
‘Catherine Mermet’, Jean-Baptiste André Guillot, 1869
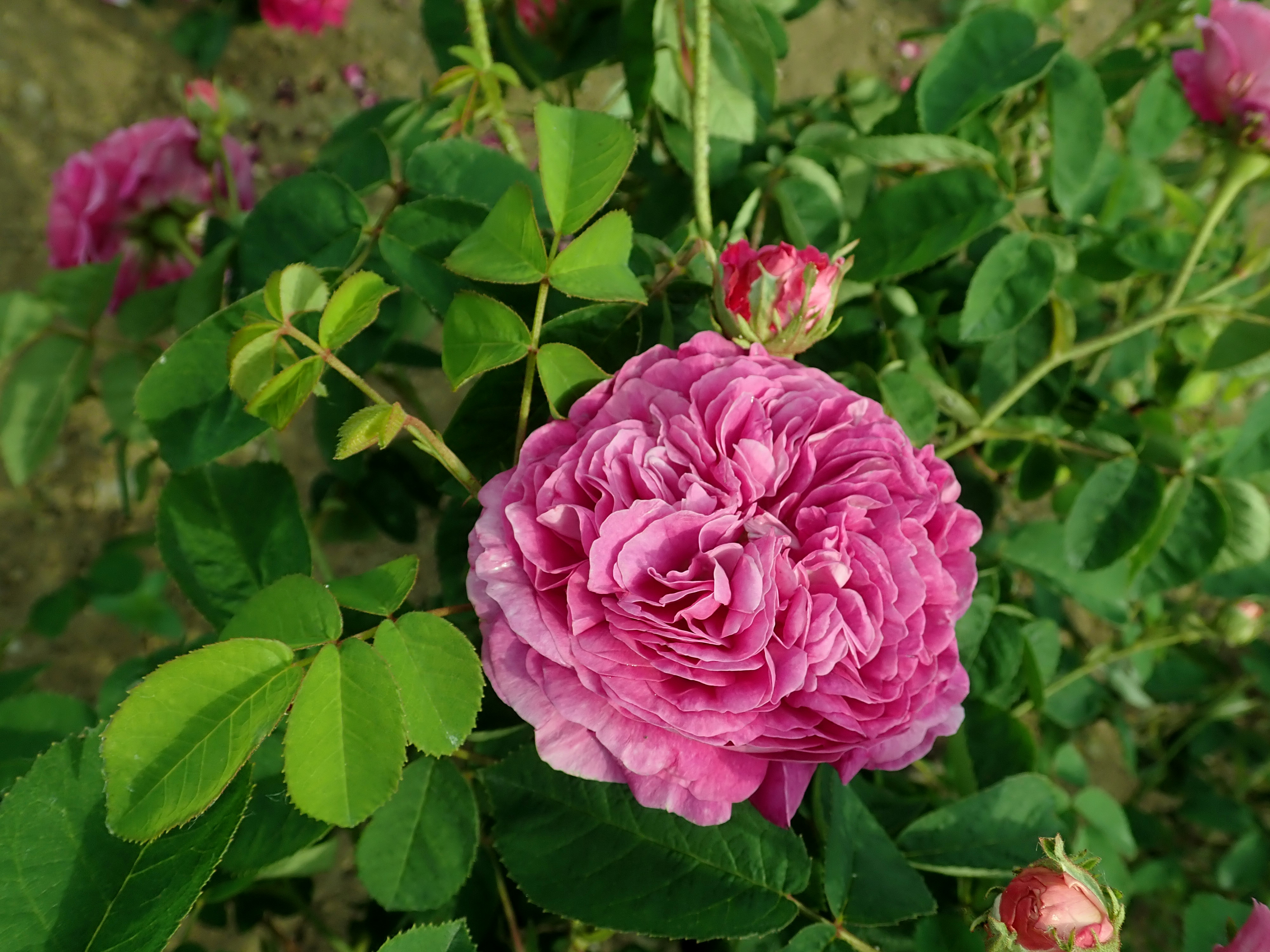
‘Catinat’, Vibert, 1838
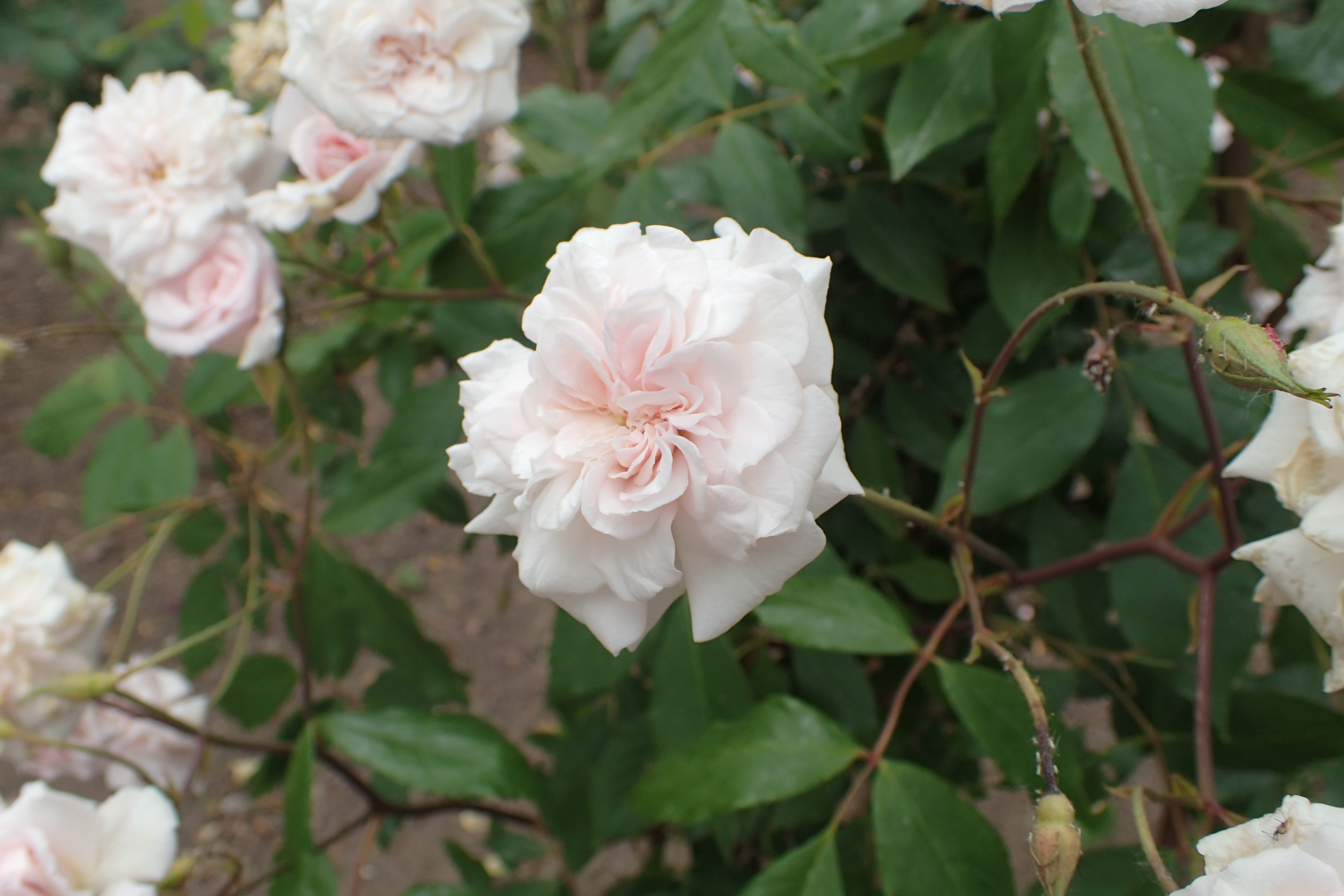
‘Cécile Brunner’, Franz P. Hosp, 1894
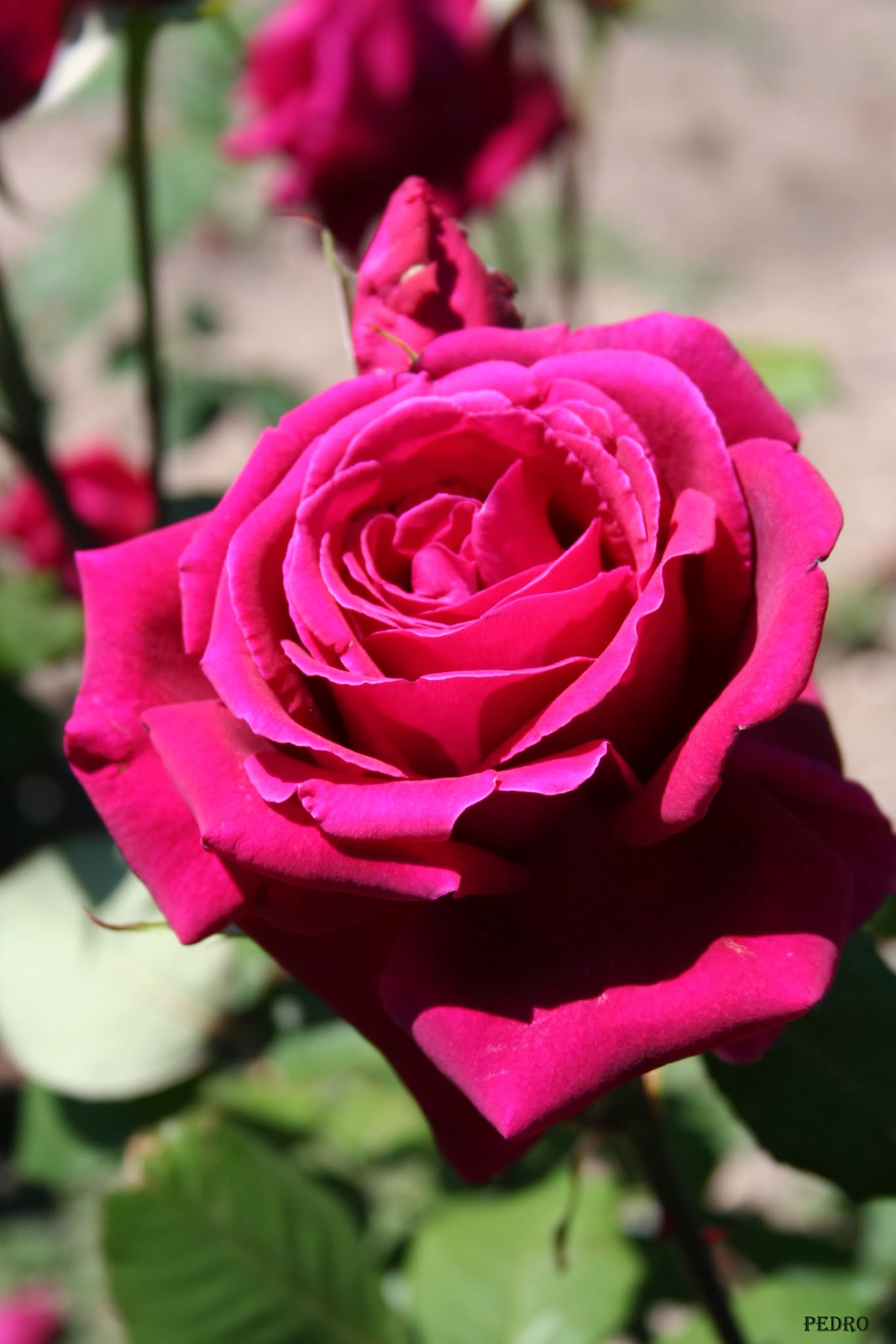
‘Cecilio Rodriguez’, Cebrià Camprubí Nadal, 1950
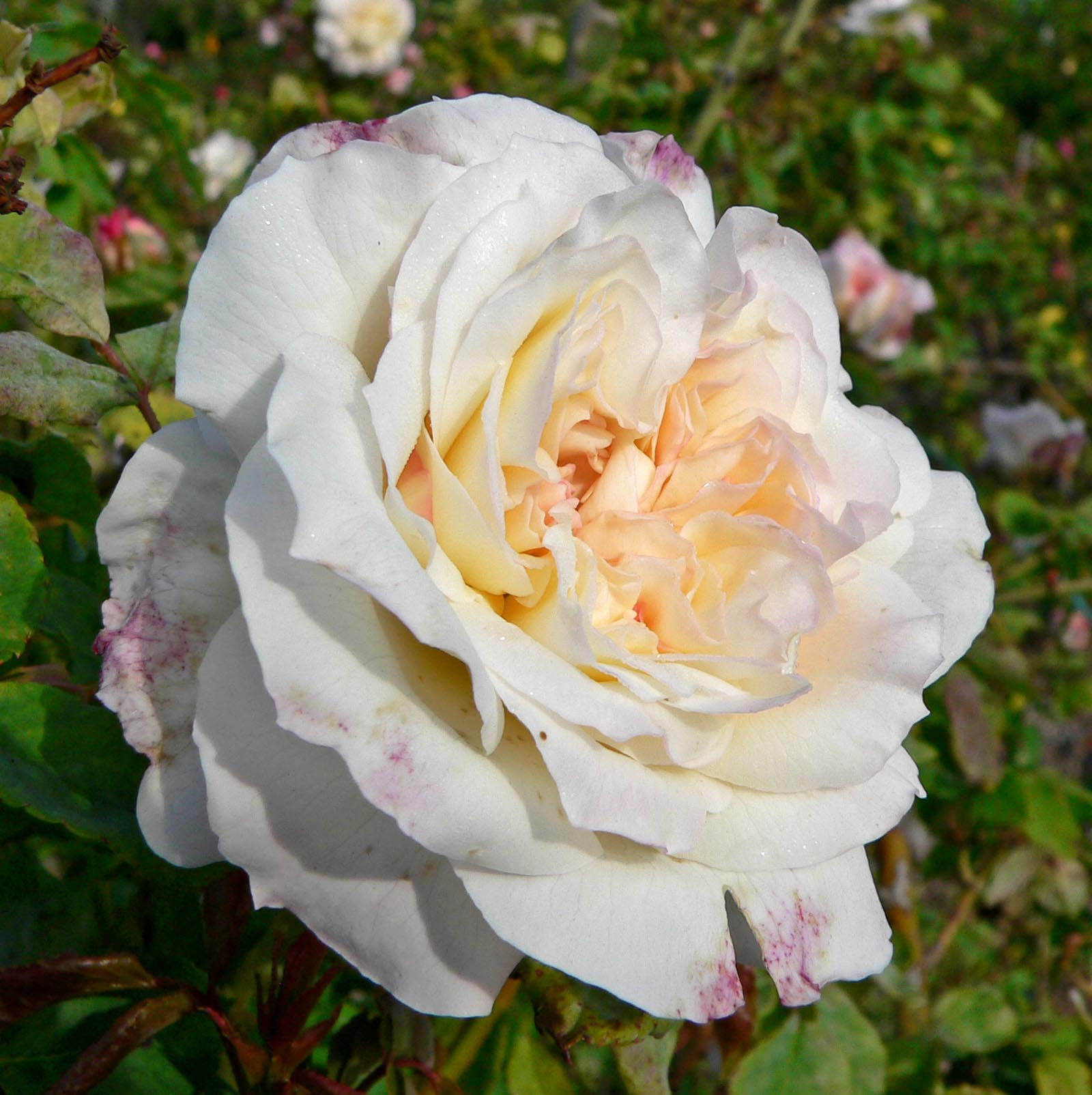
‘Céline Forestier’, Trouillard, 1842
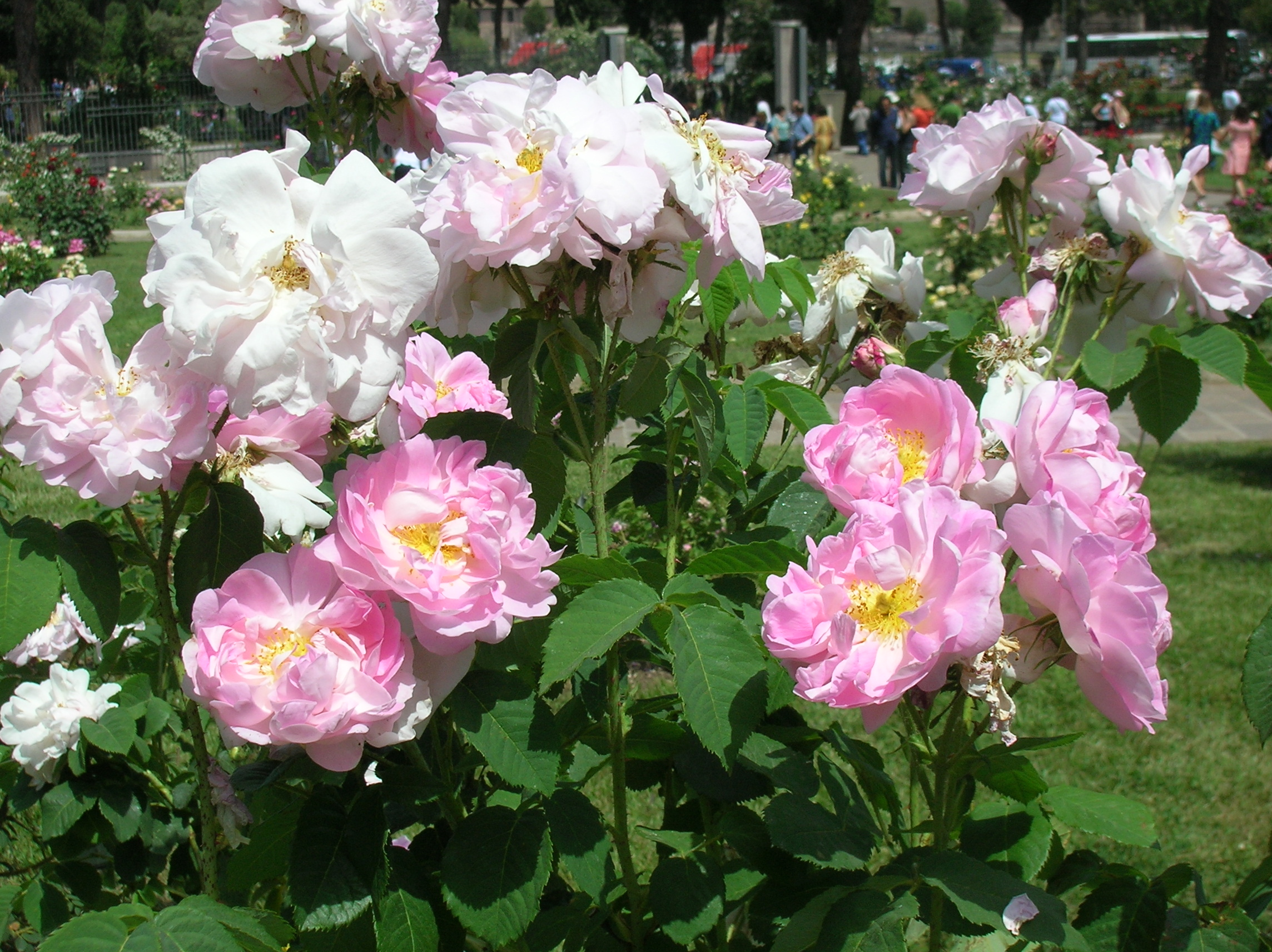
‘Celsiana’, Rosa damascena, vor 1750
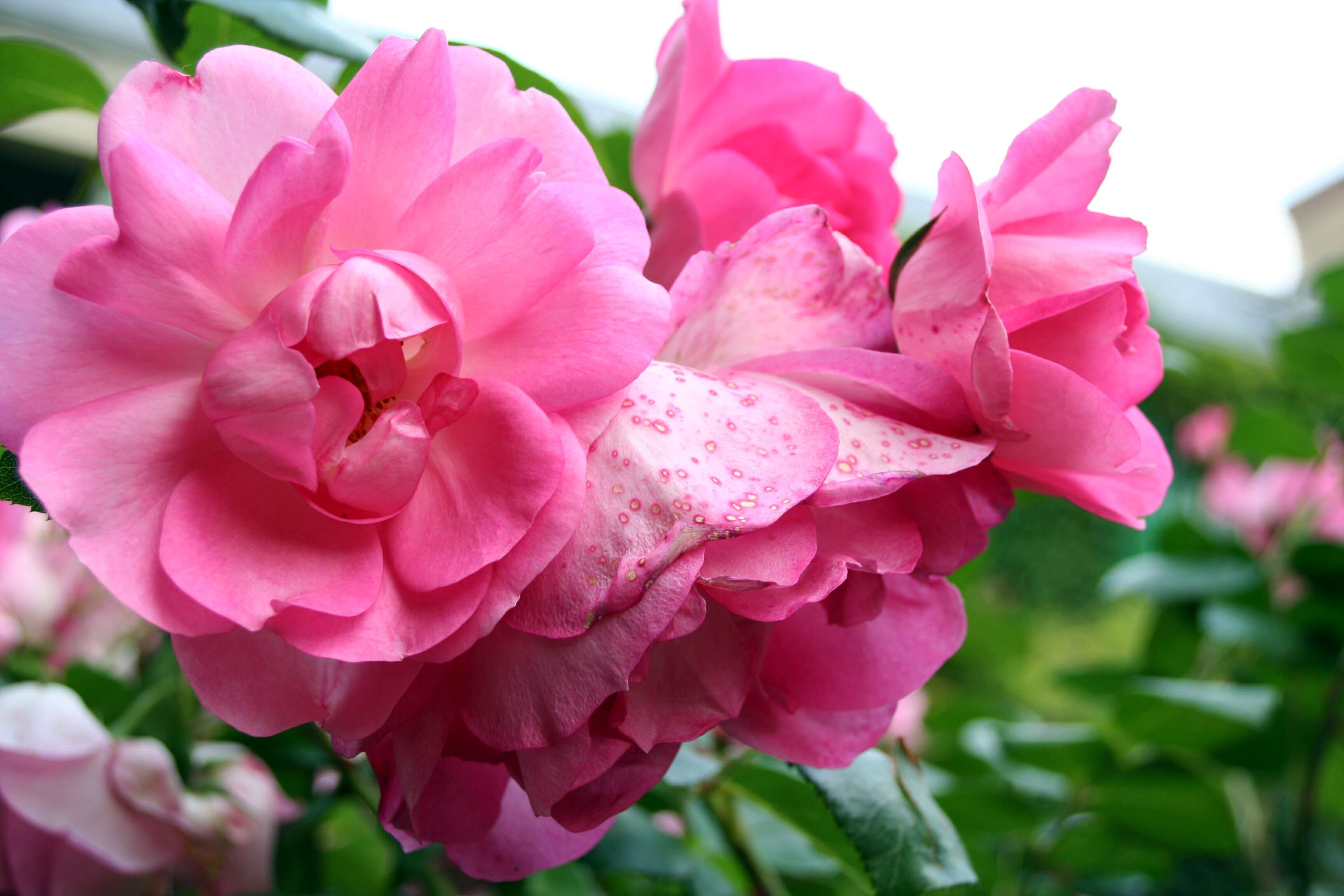
‘Centenaire de Lourdes’, Delbard, 1958
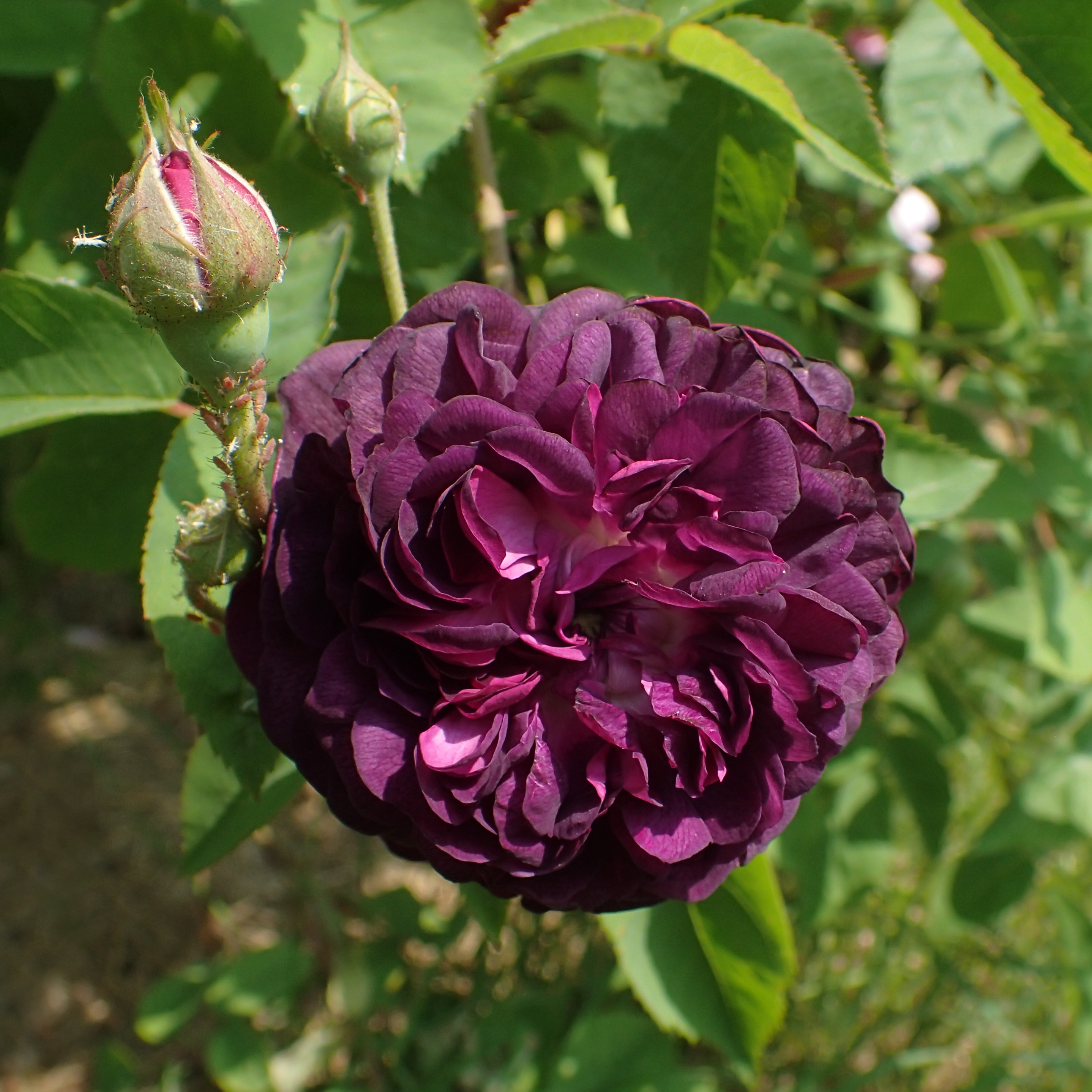
‘Centifolia à fleurs doubles violettes’, ?
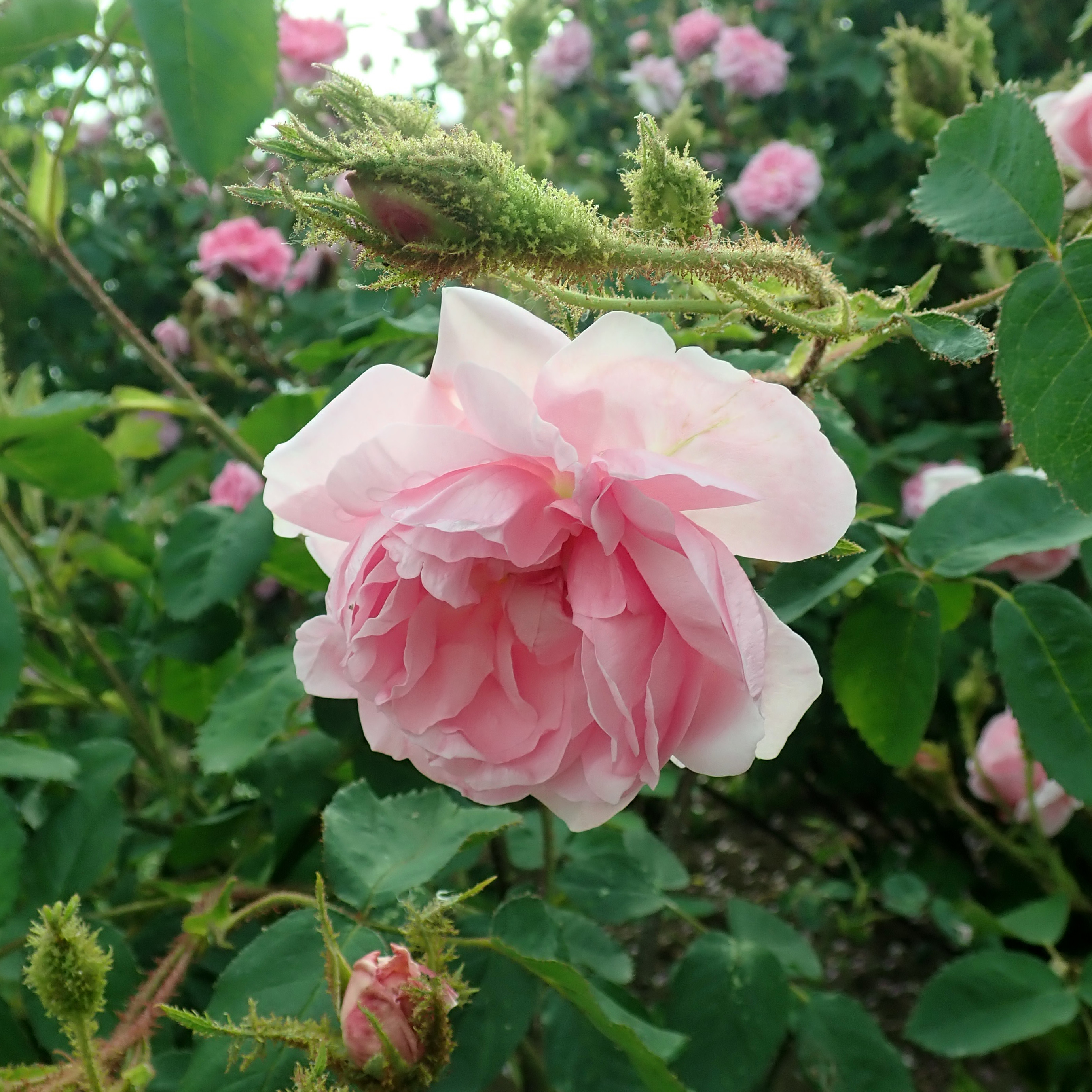
‘Centifolia Muscosa Communi’' (auch ‘Common Moss’, ‘Old Moss’), um 1696
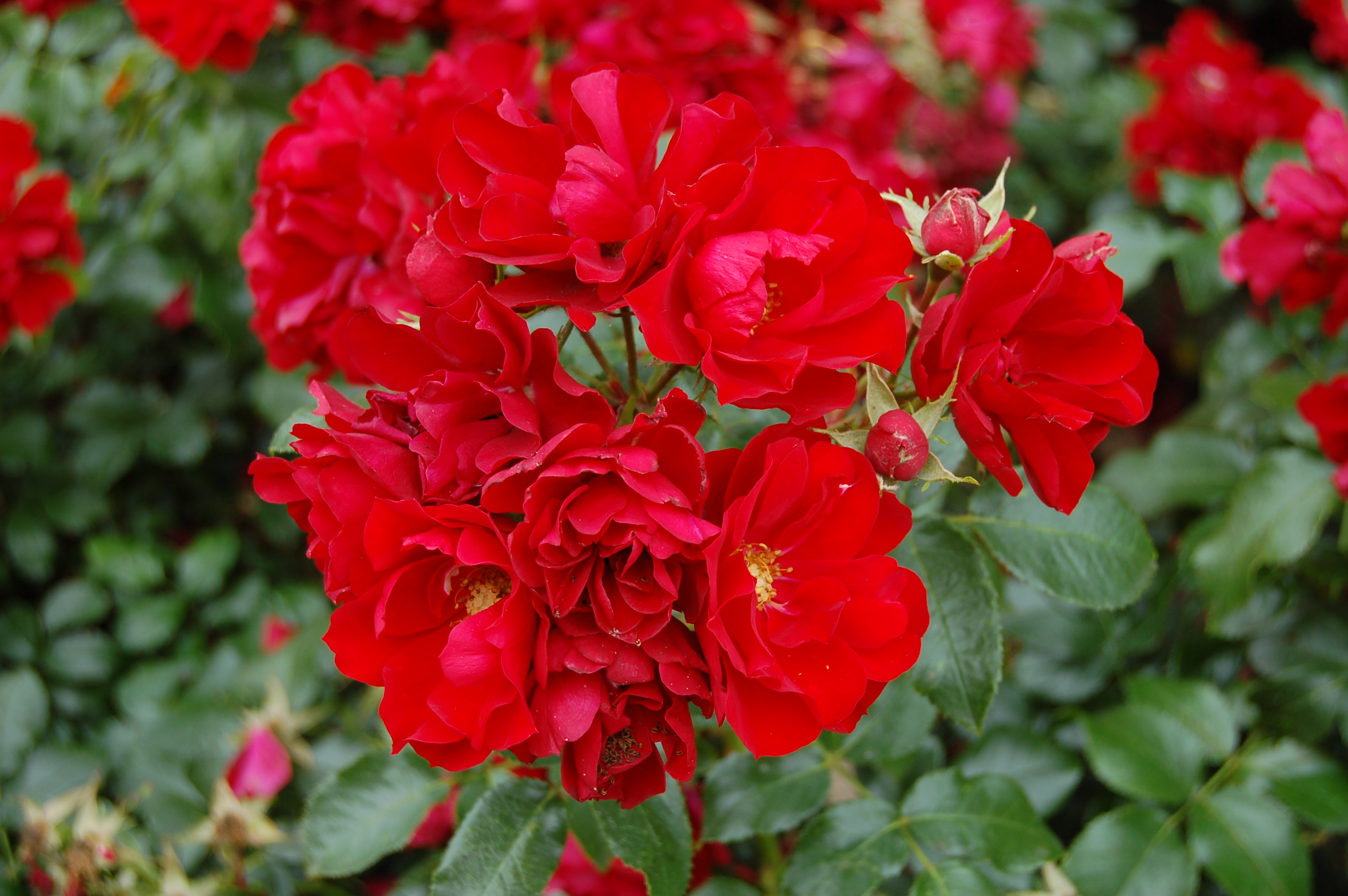
‘Centro-Rose’, Tantau, 2001
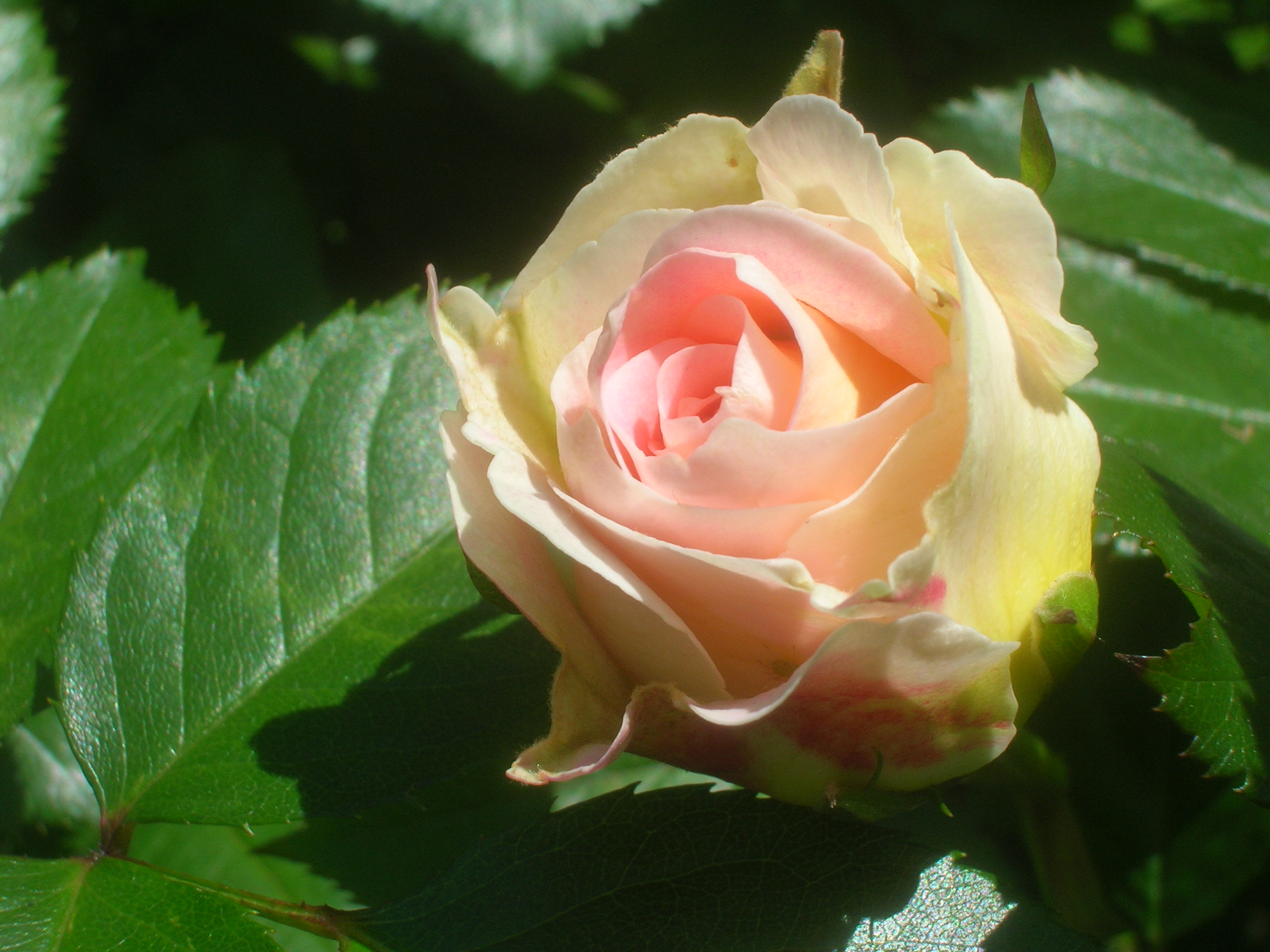
‘César’, Meilland, 1993
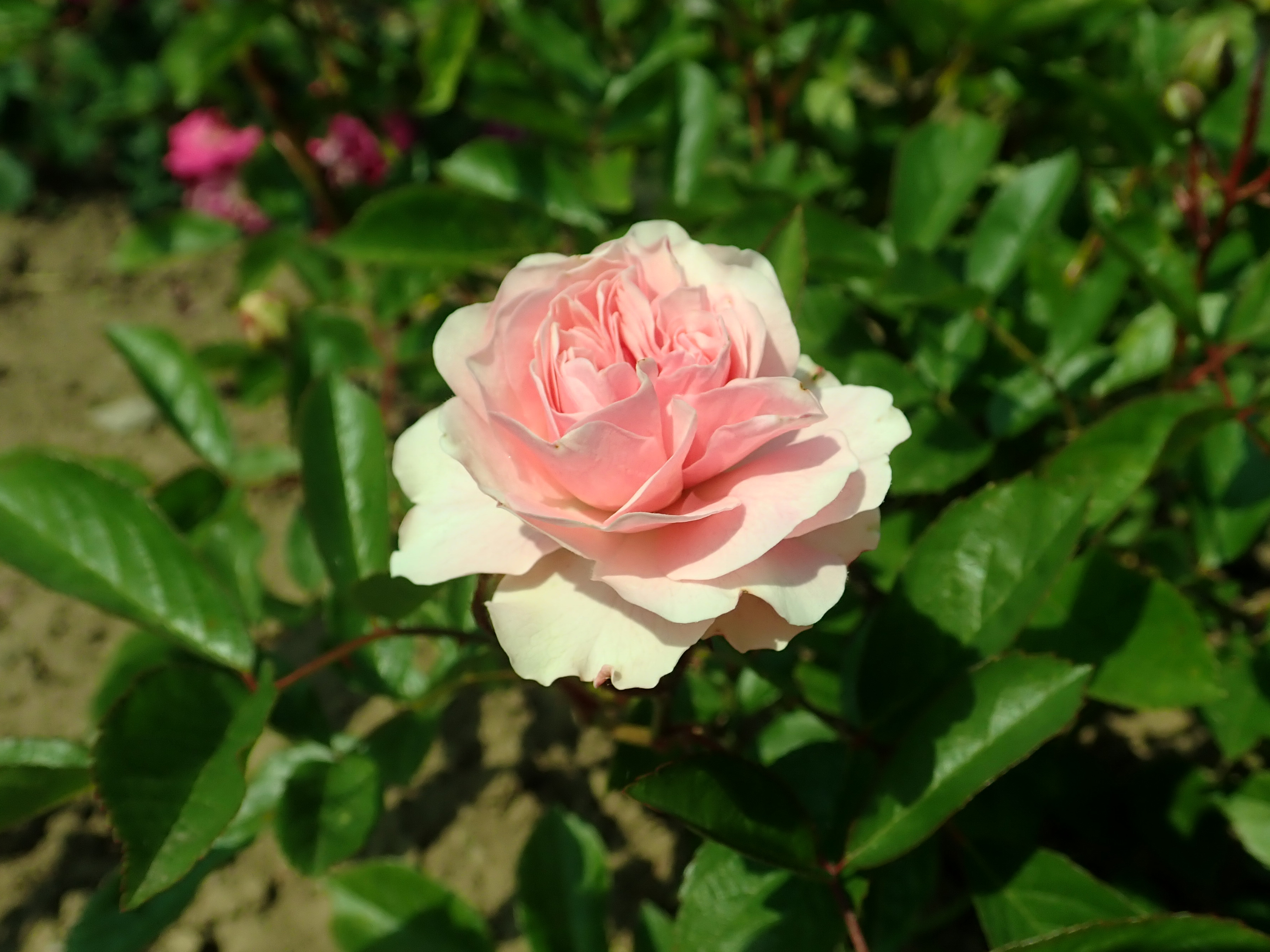
‘Chami’, Pemberton, vor 1927
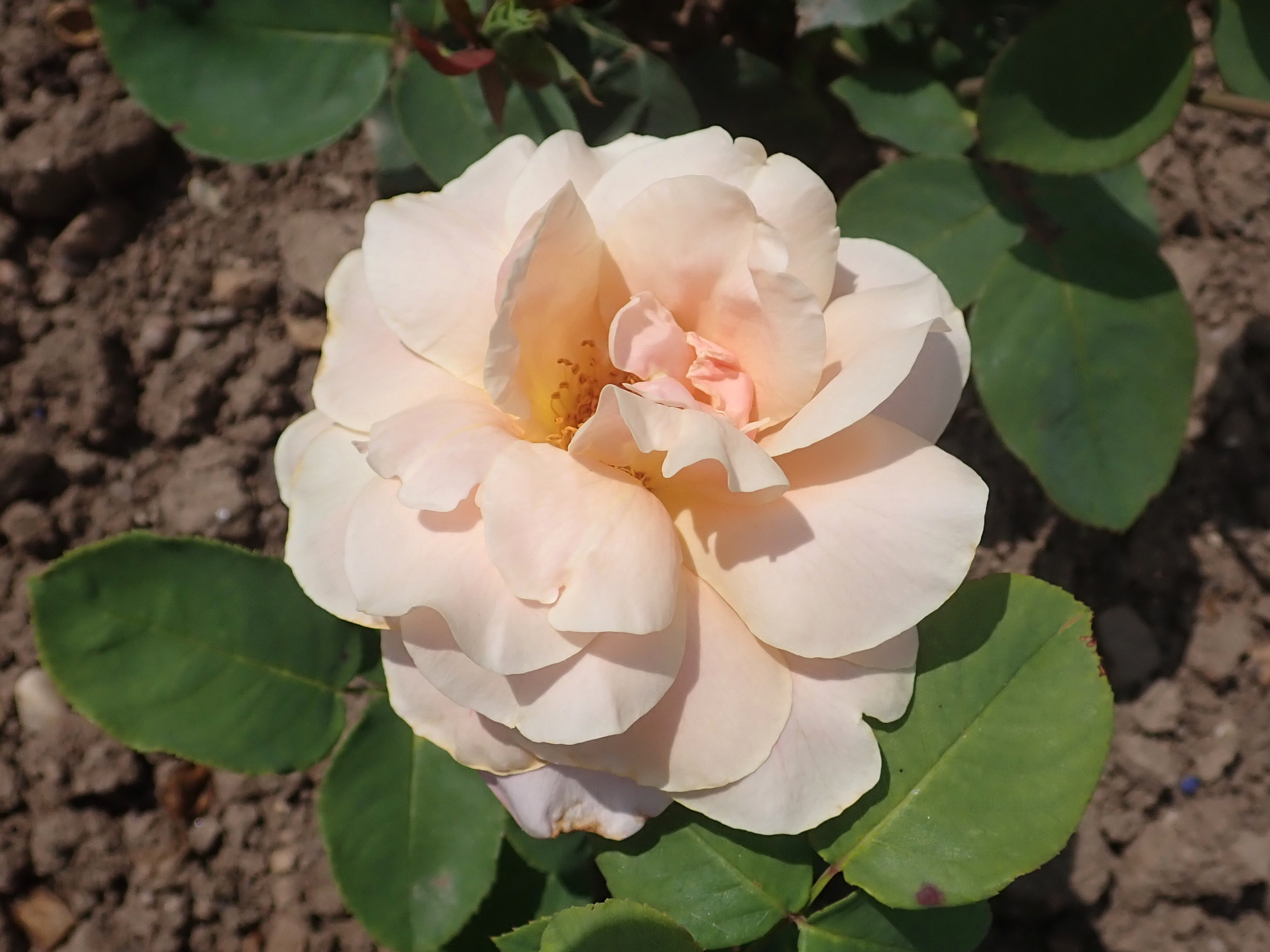
‘Champagne’, Lindquist/Howard, 1961
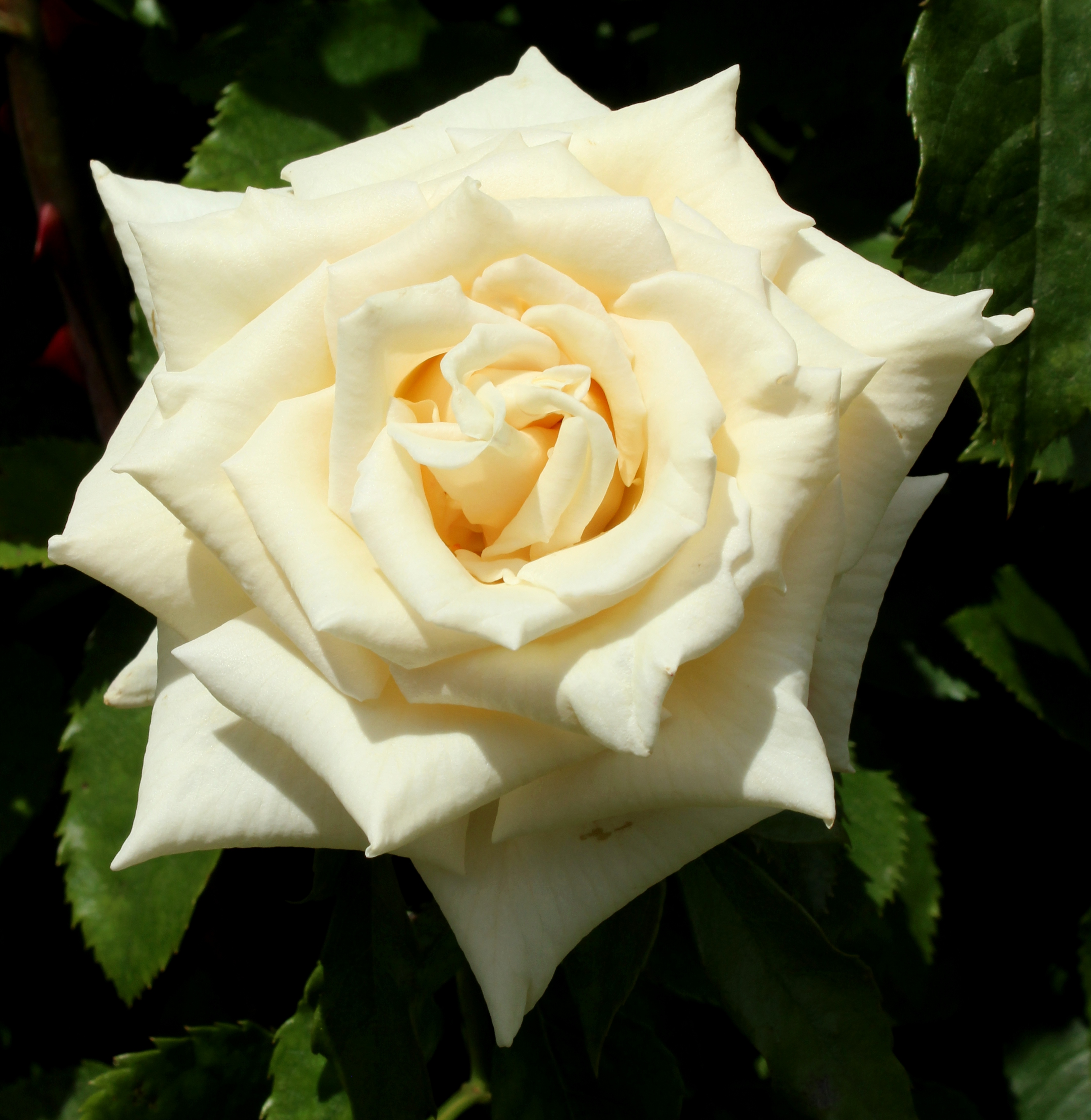
‘Champagner’ (auch: ‘Antique Silk’), Kordes, 1982
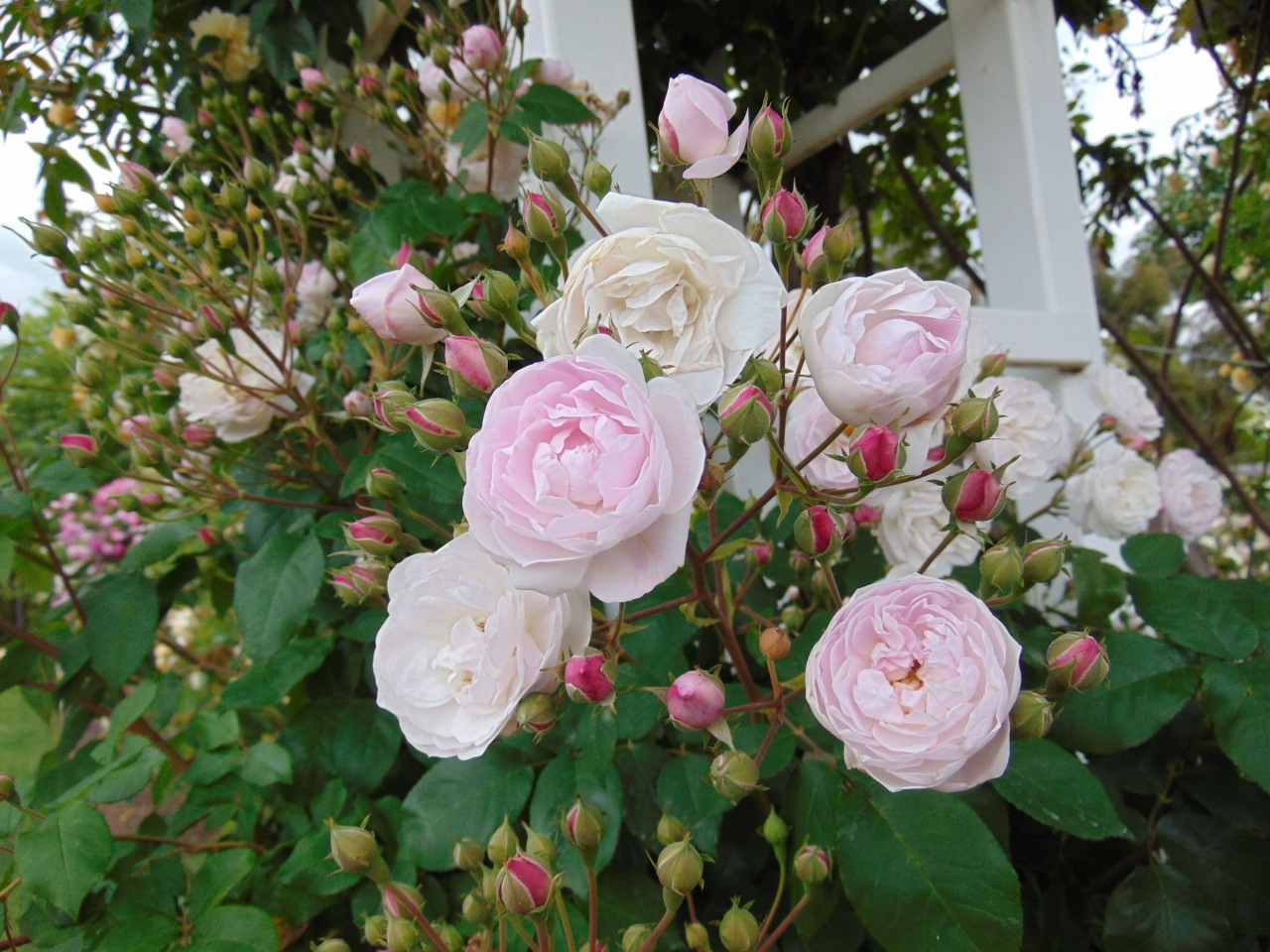
‘Champneys’ Pink Cluster’, Champneys, um 1811
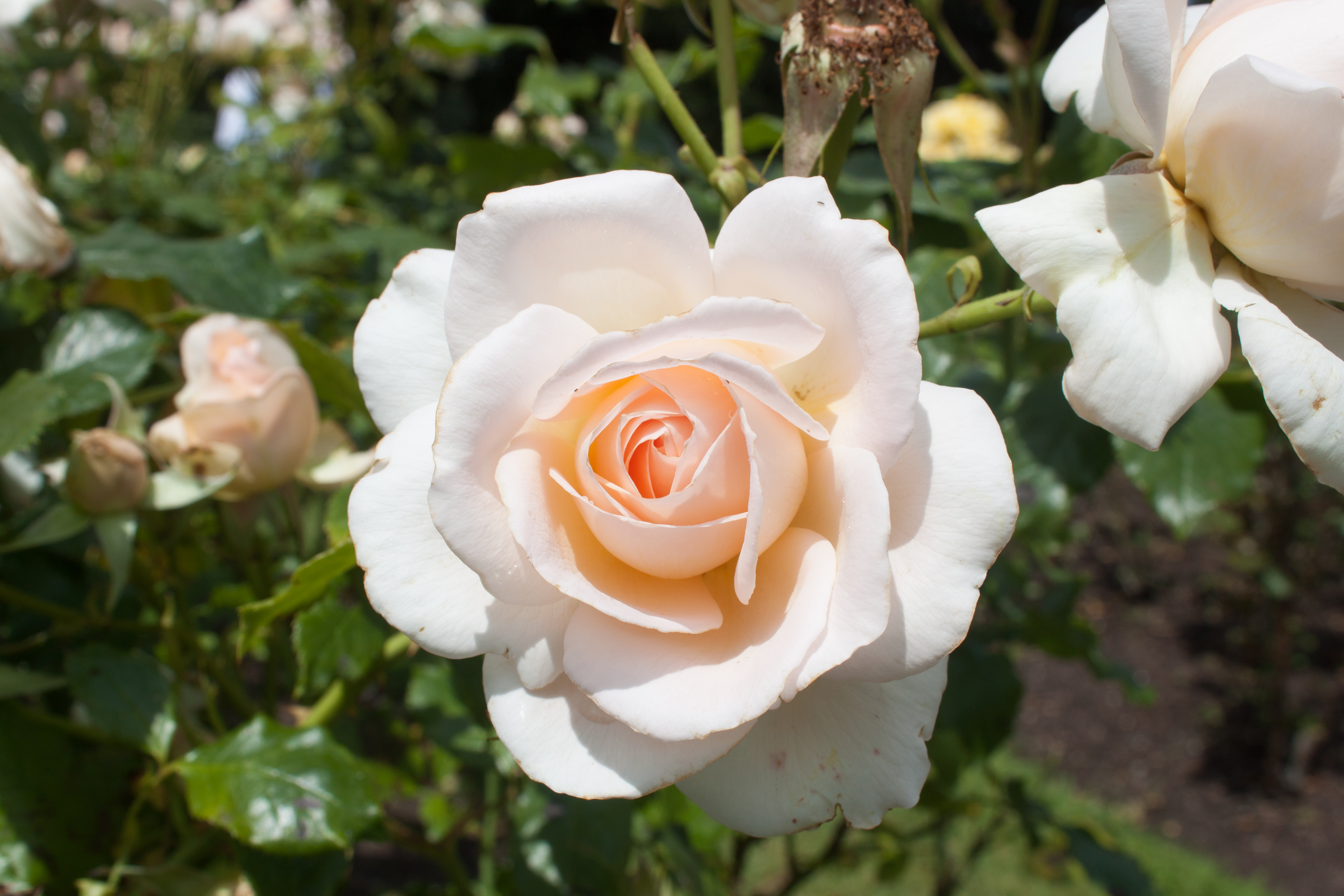
‘Chandos Beauty’, Harkness, 2005
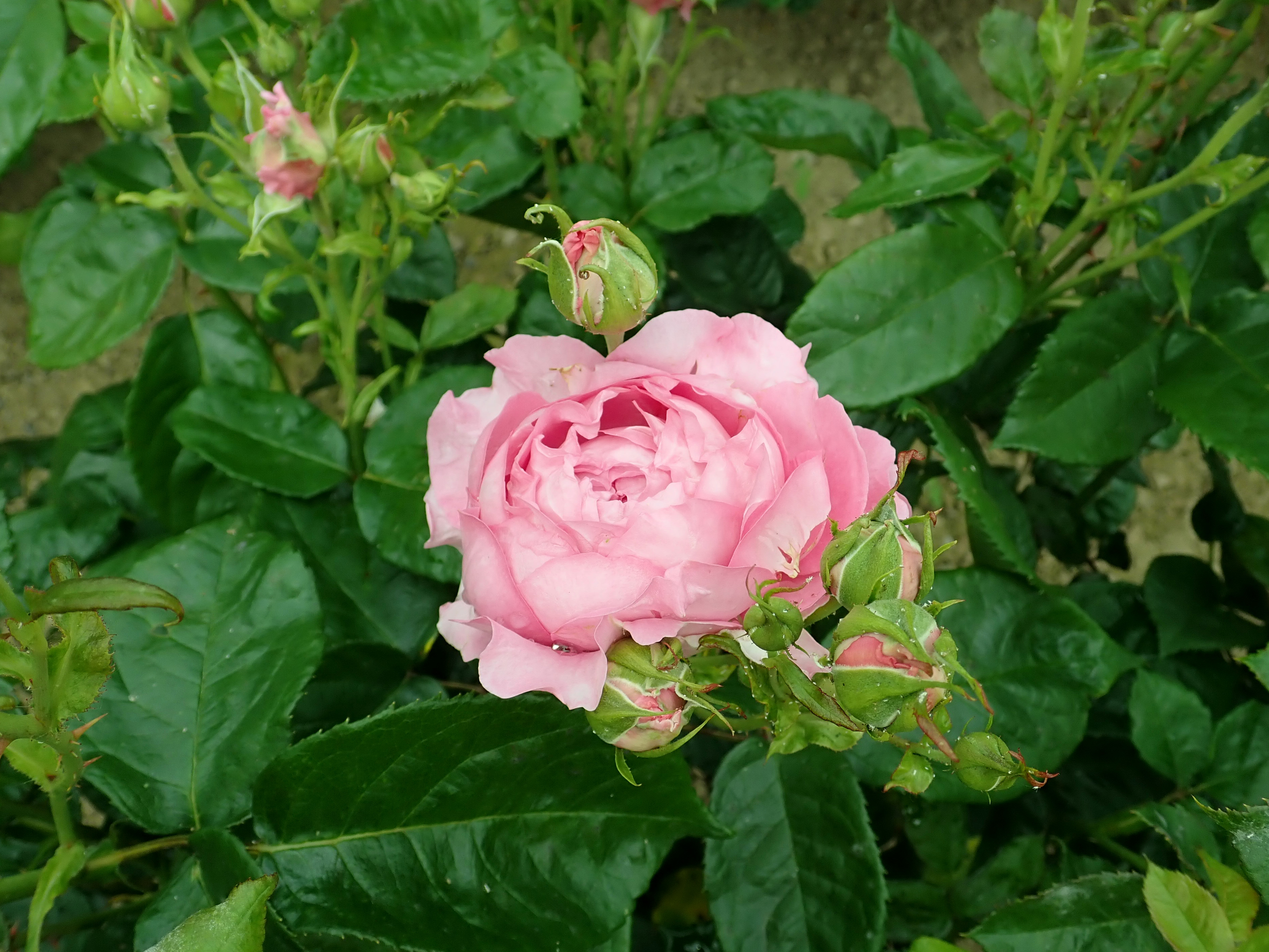
‘Chantal Merieux’, Dominique Massad, 1999
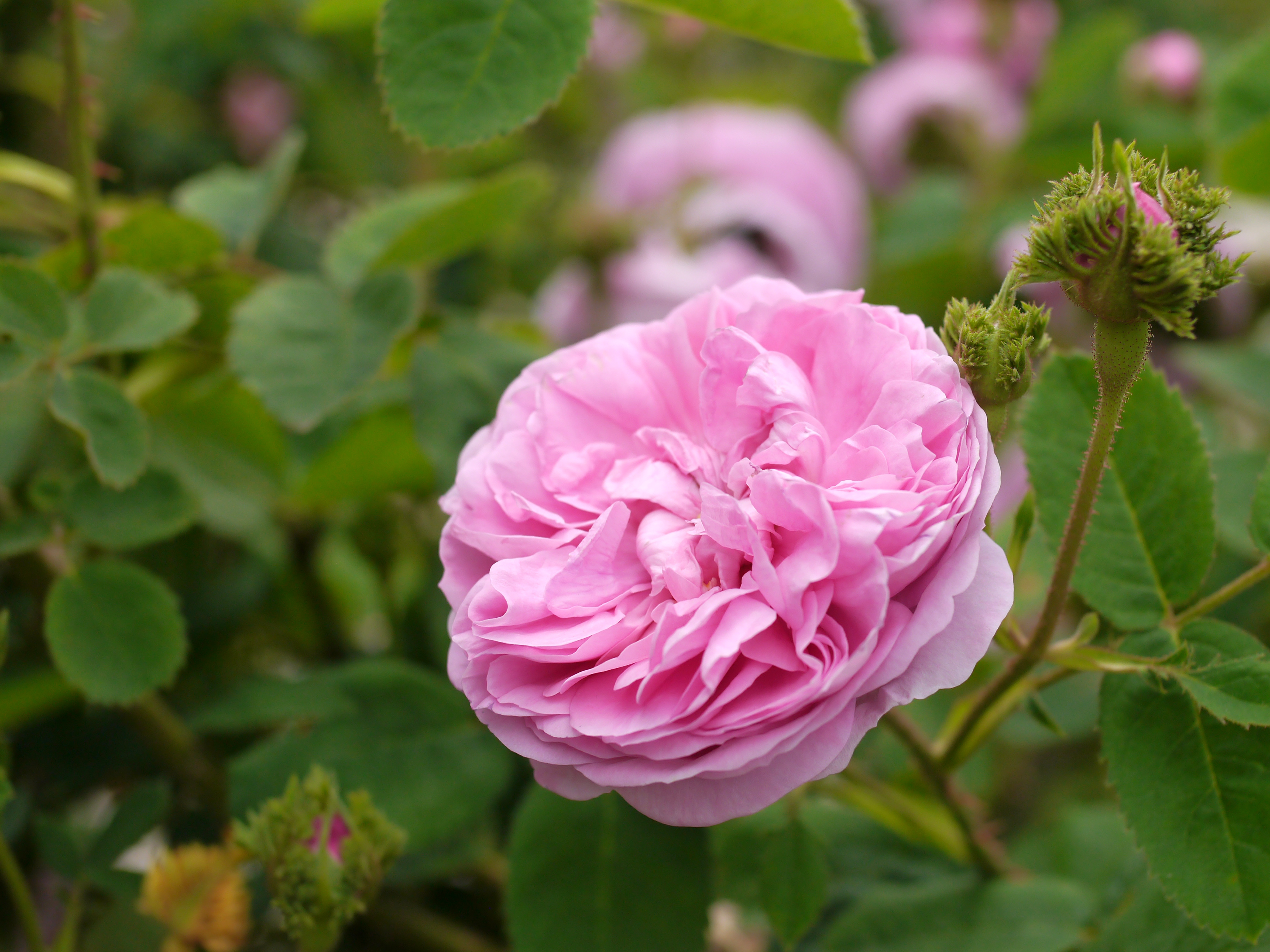
‘Chapeau de Napoléon’, Kirsch, 1826
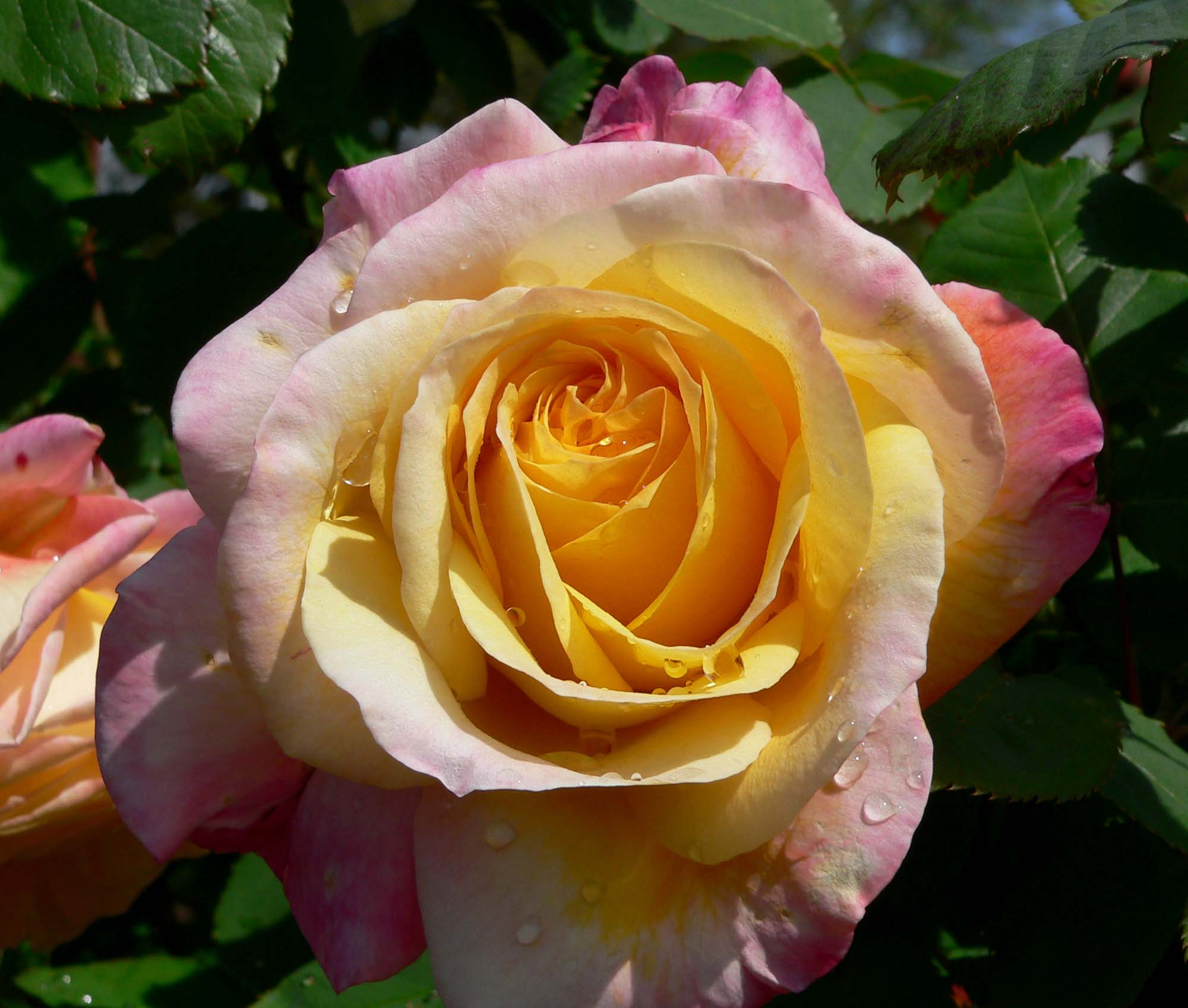
‘Charivari’, Kordes, 1971
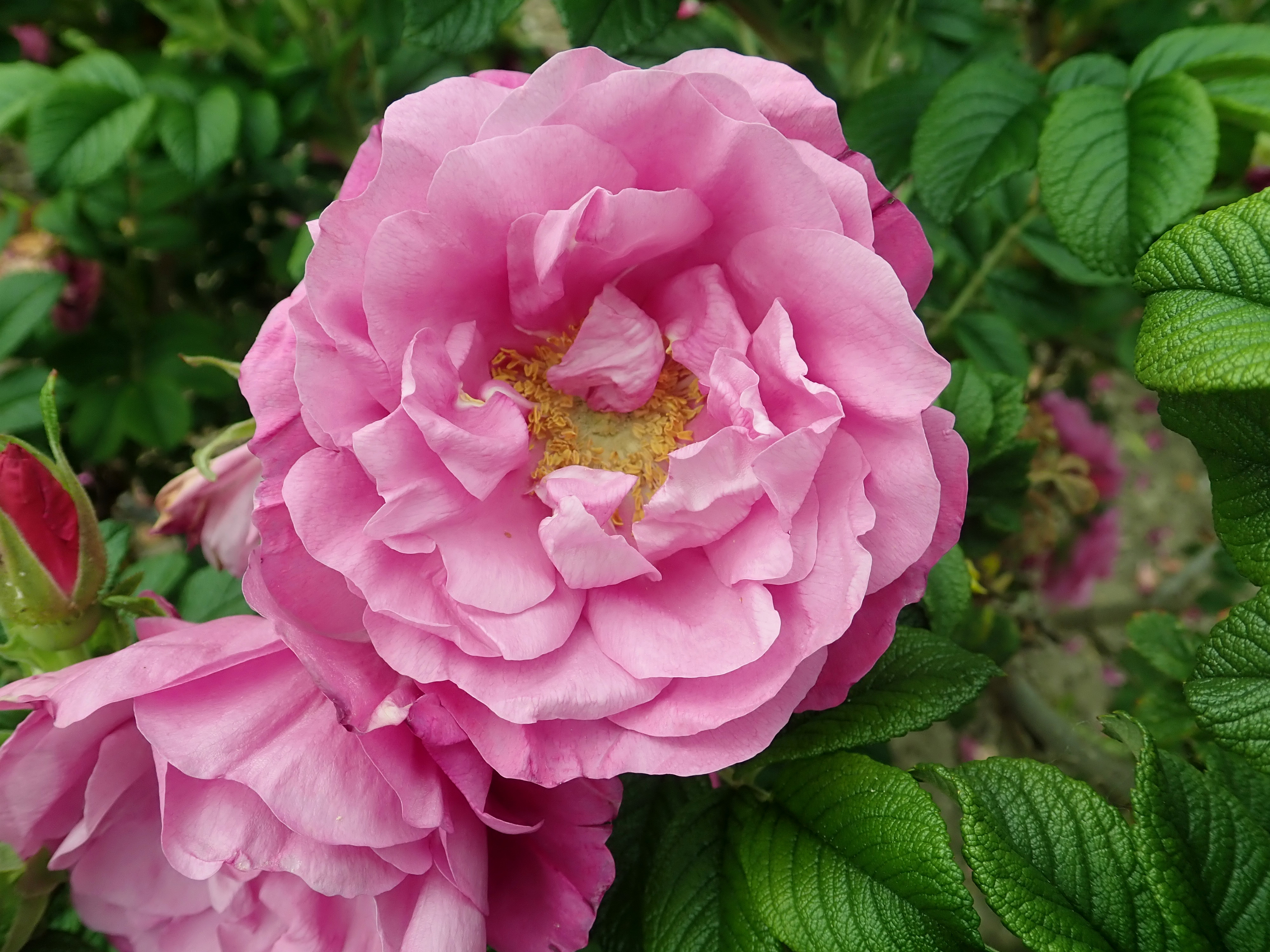
‘Charles Albanel’, Felicitas Svejda, 1970/1982
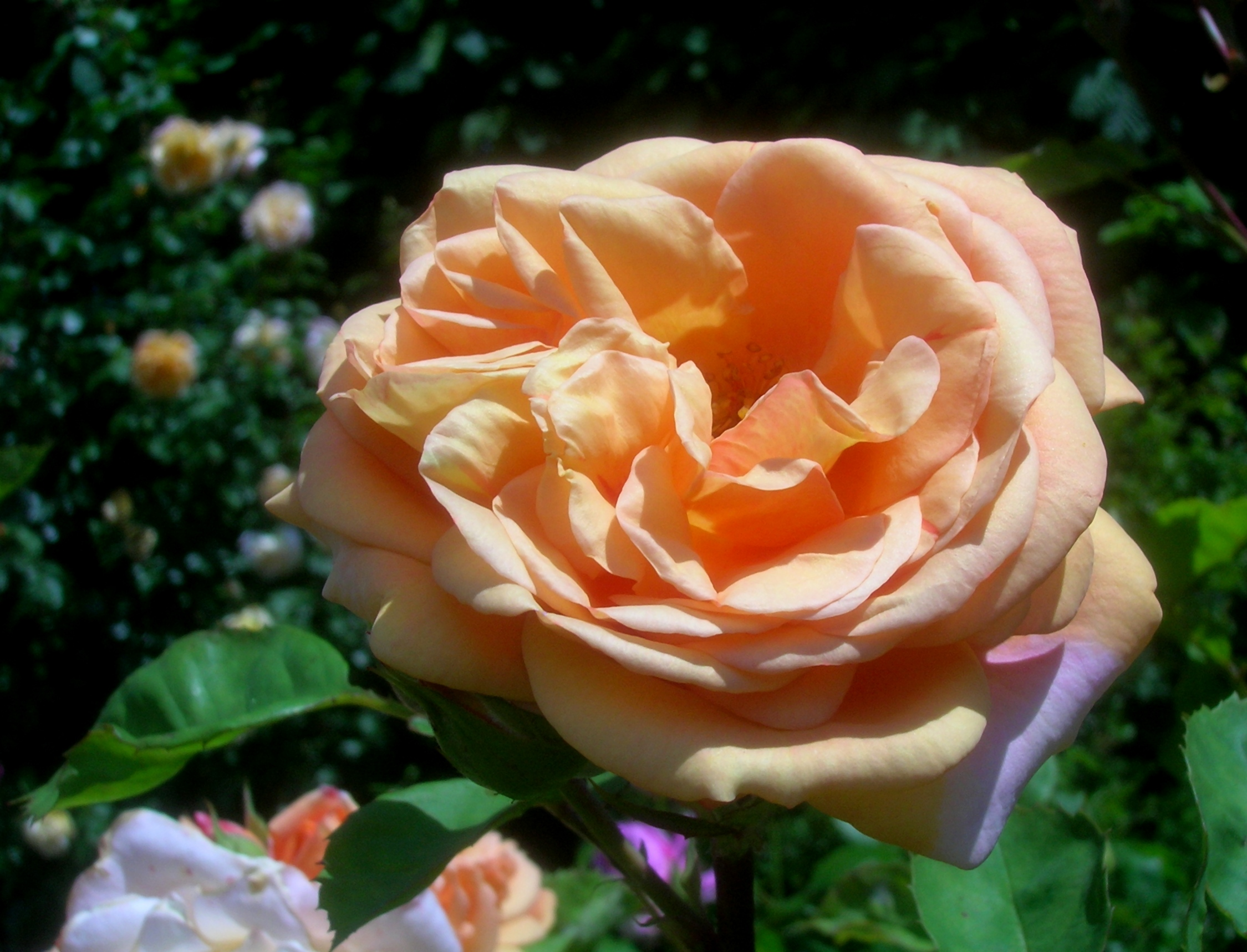
‘Charles Austin’, Austin, 1973
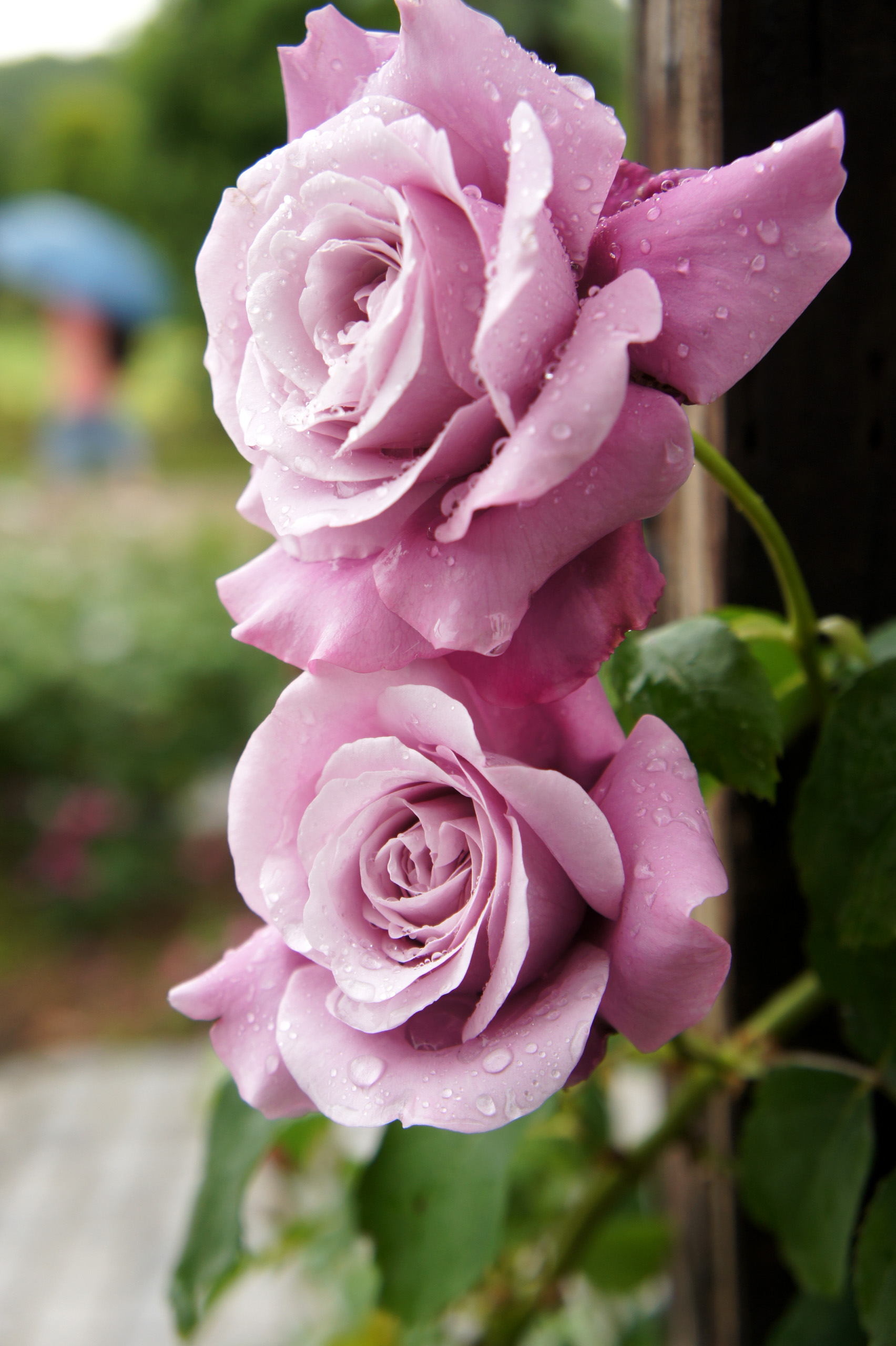
‘Charles de Gaulle’, Marie-Louise Meilland, 1974
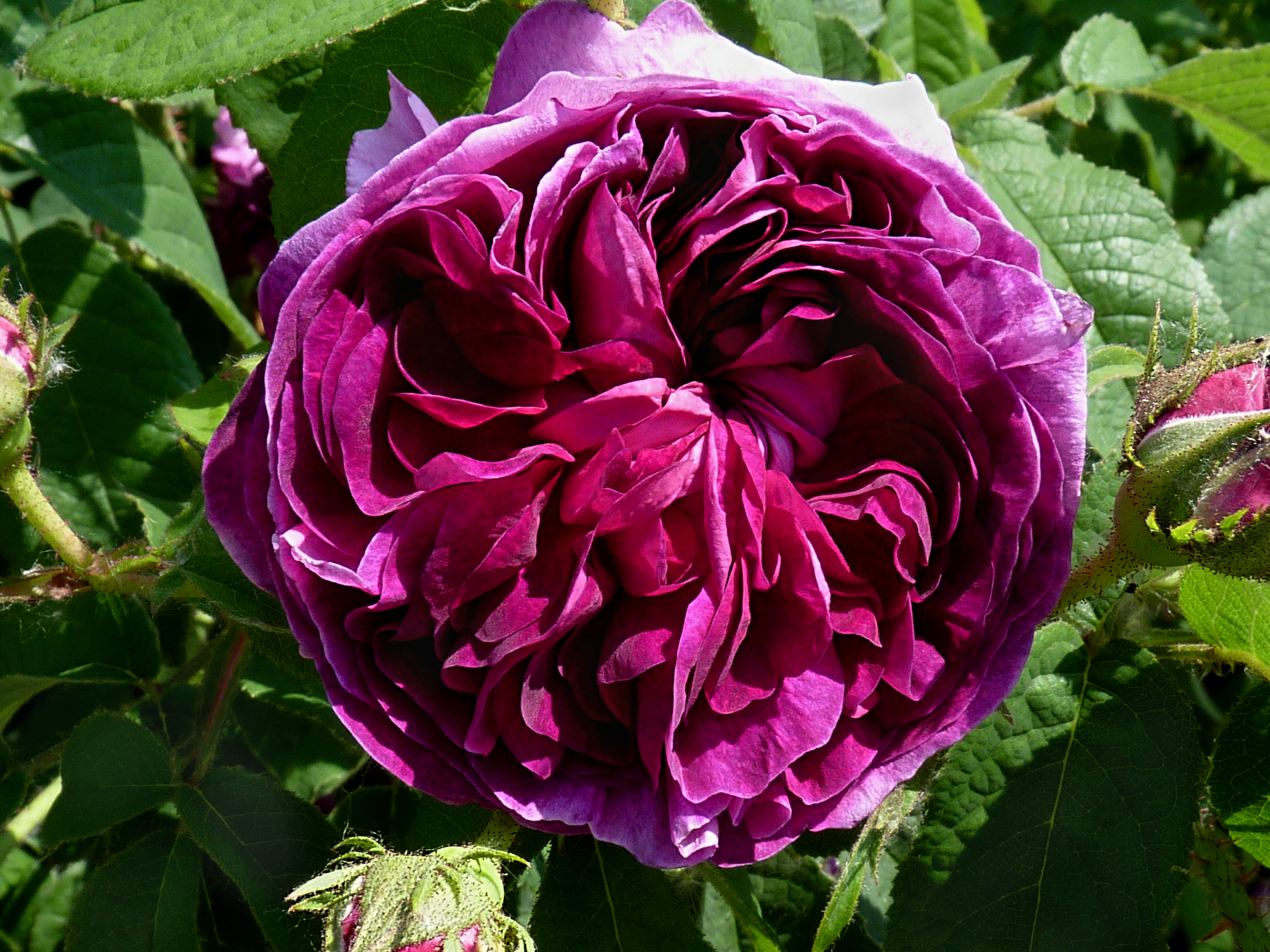
‘Charles de Mills’, unbekannt, um 1700
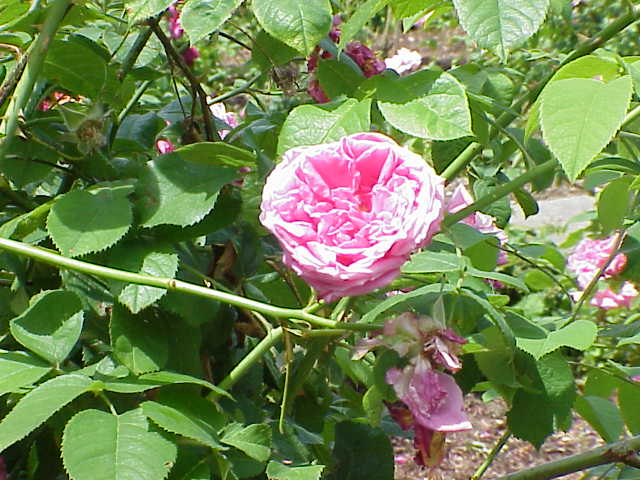
‘Charles Lawson’, Lawson, 1853
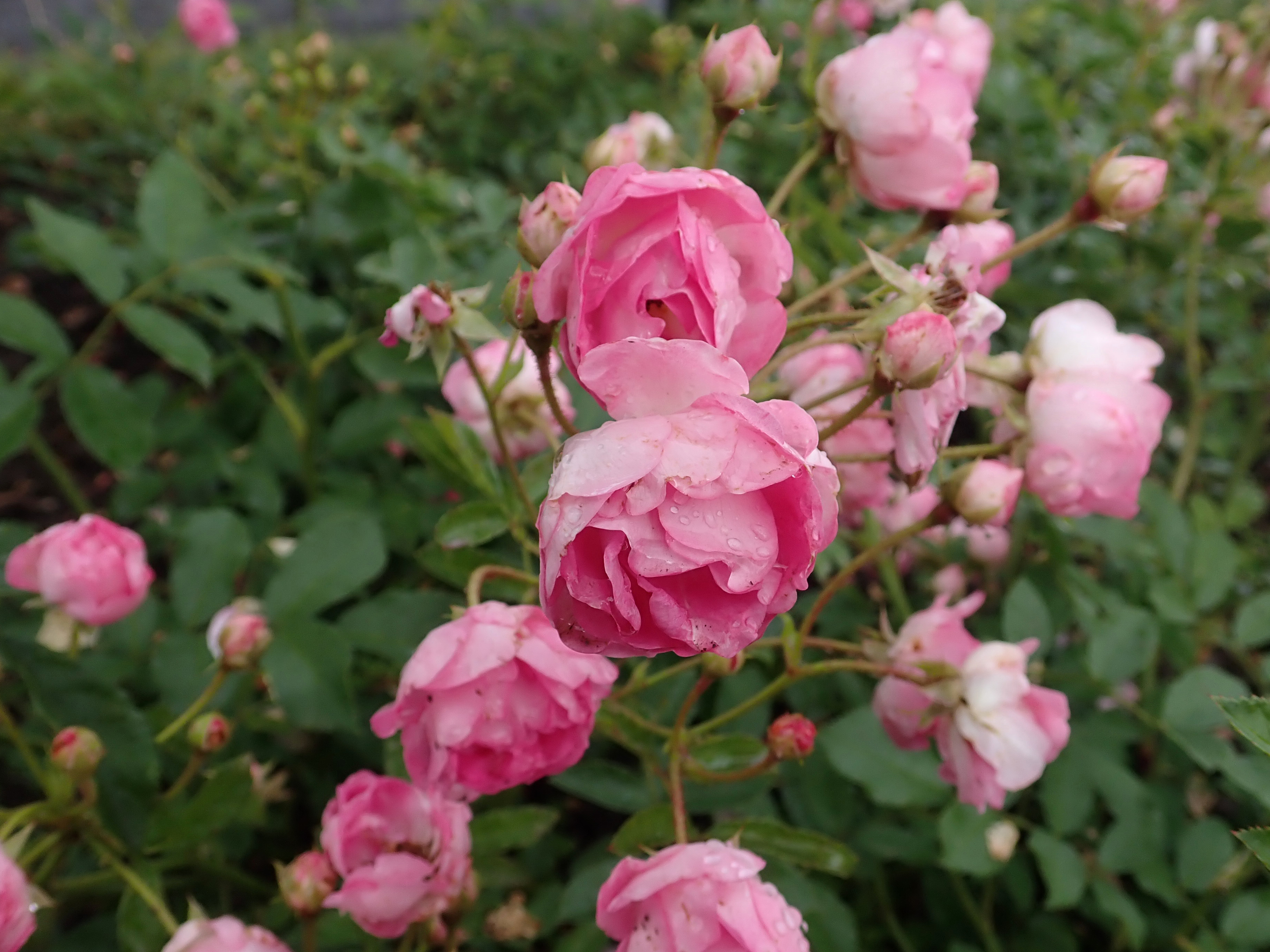
‘Charles Métroz’, Marie-Louise Schwartz, 1900
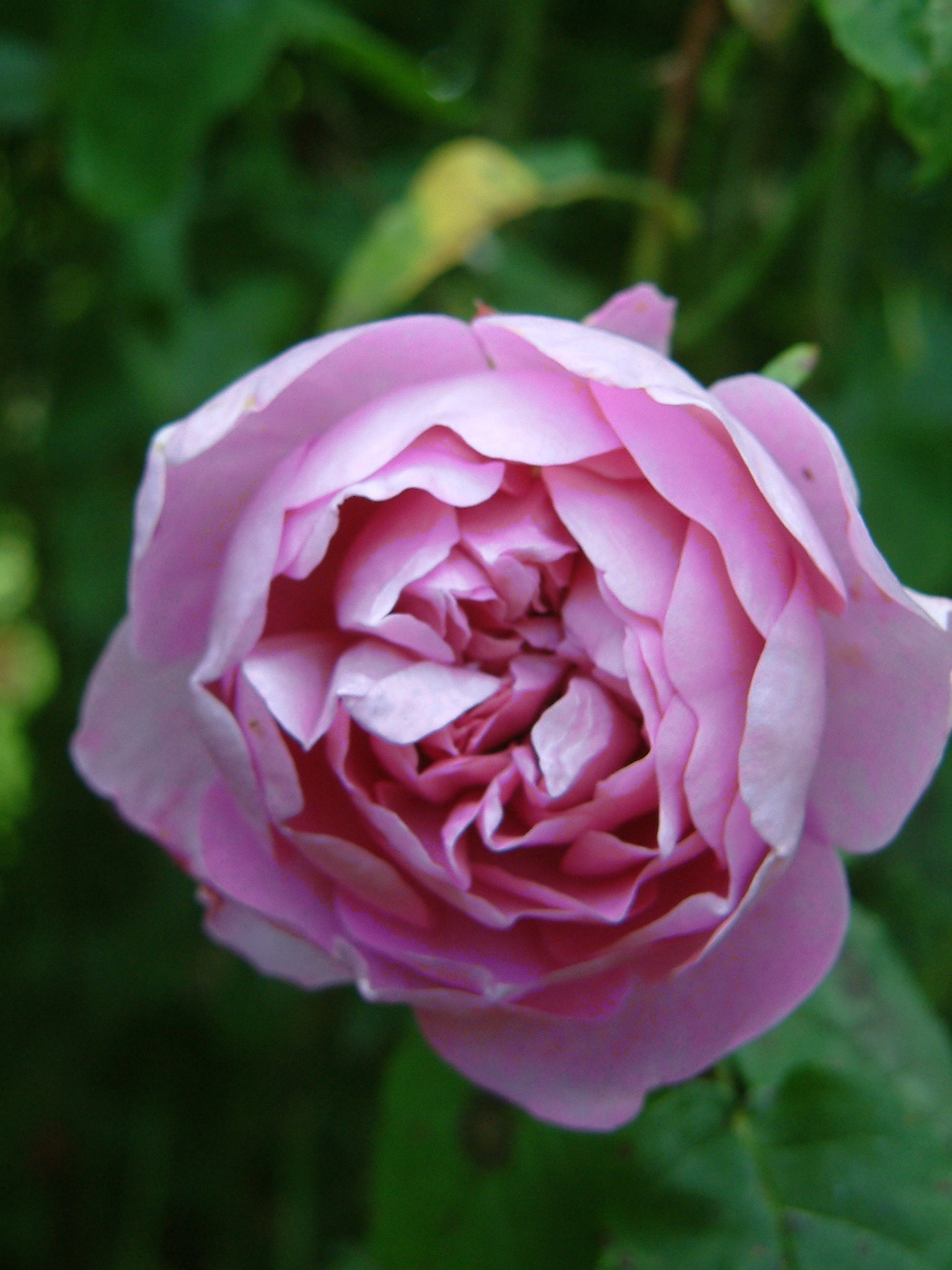
‘Charles Rennie Mackintosh’, Austin 1988
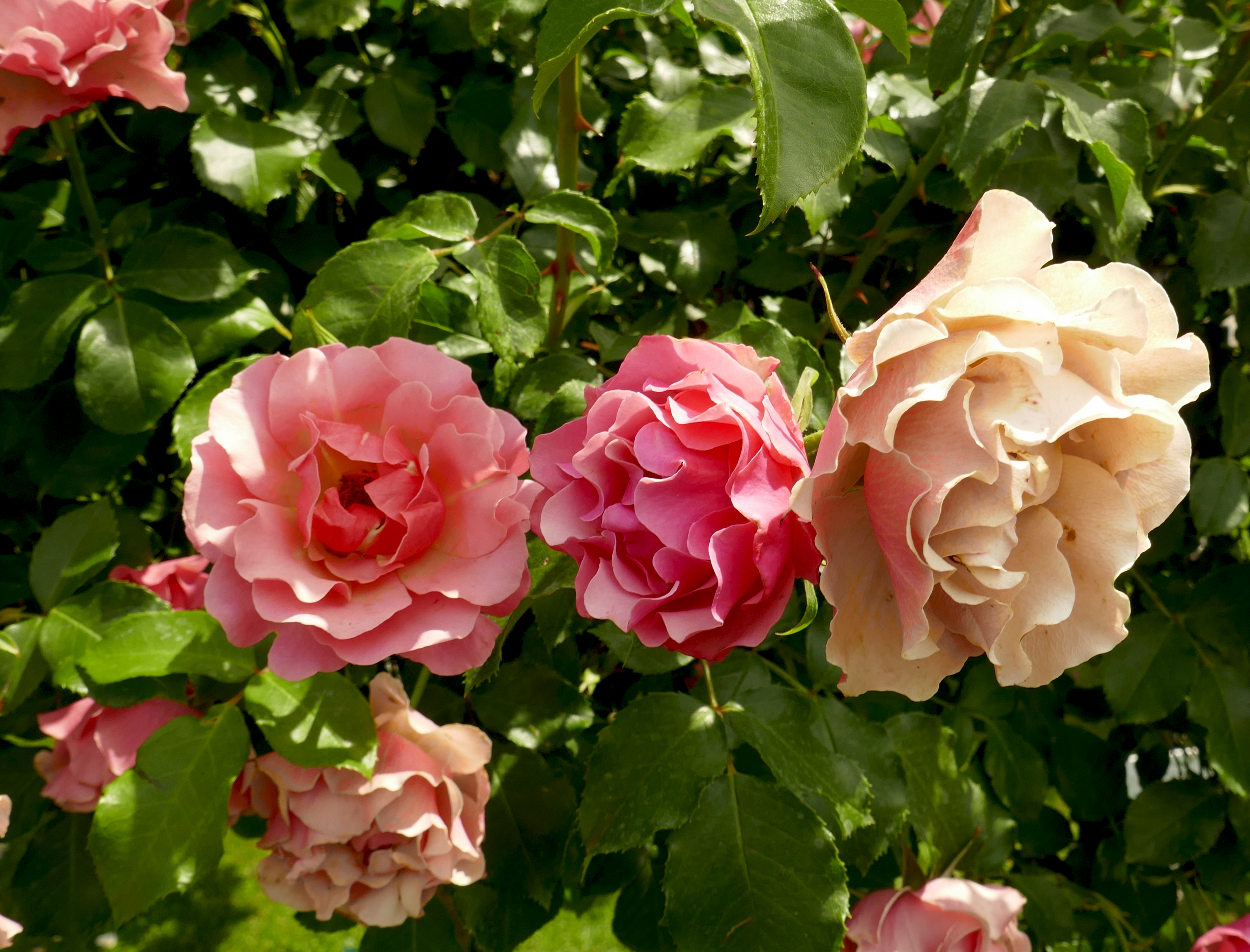
‘Charleston’, Meilland, 1963
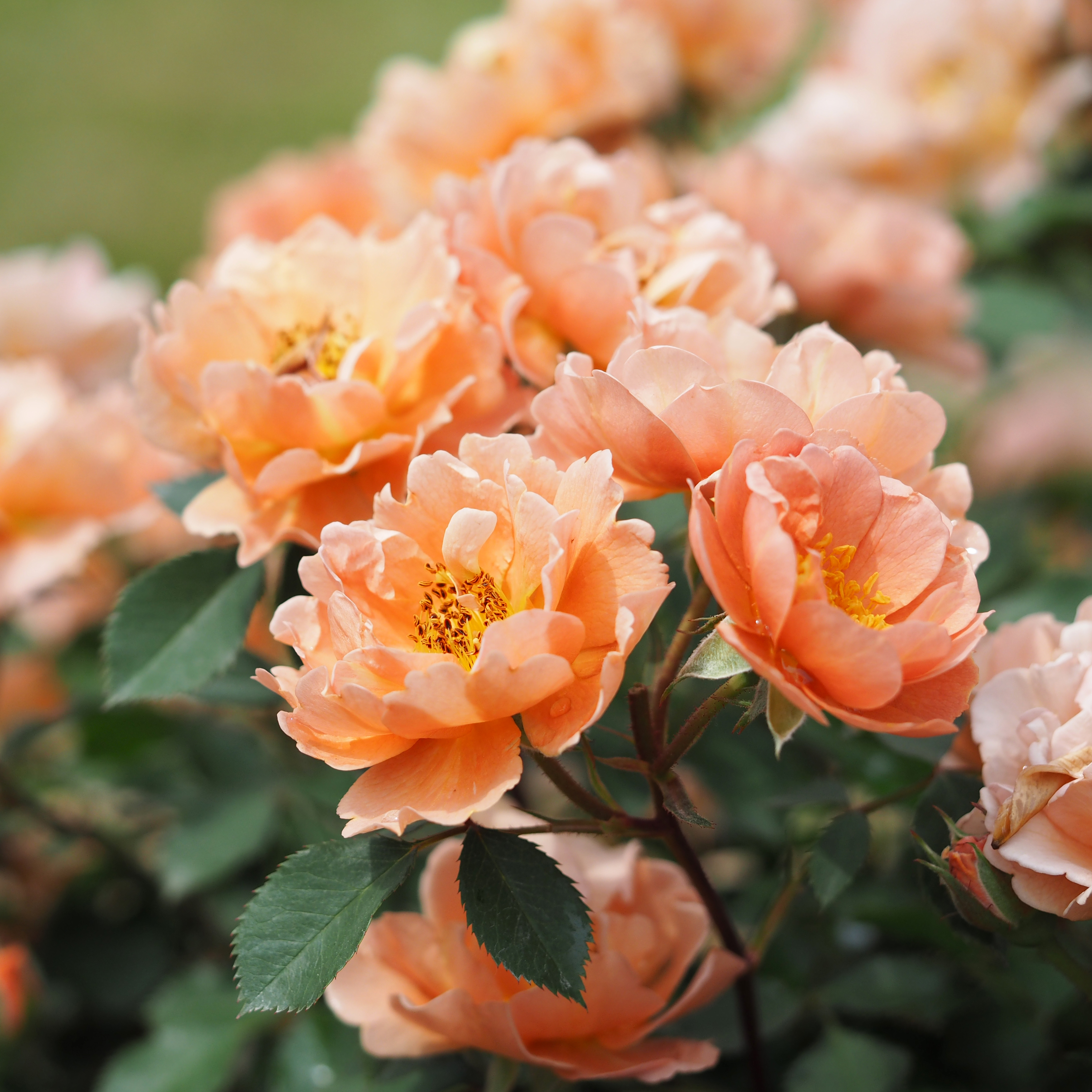
‘Charlie Brown’, Takashi Kawai, 1996
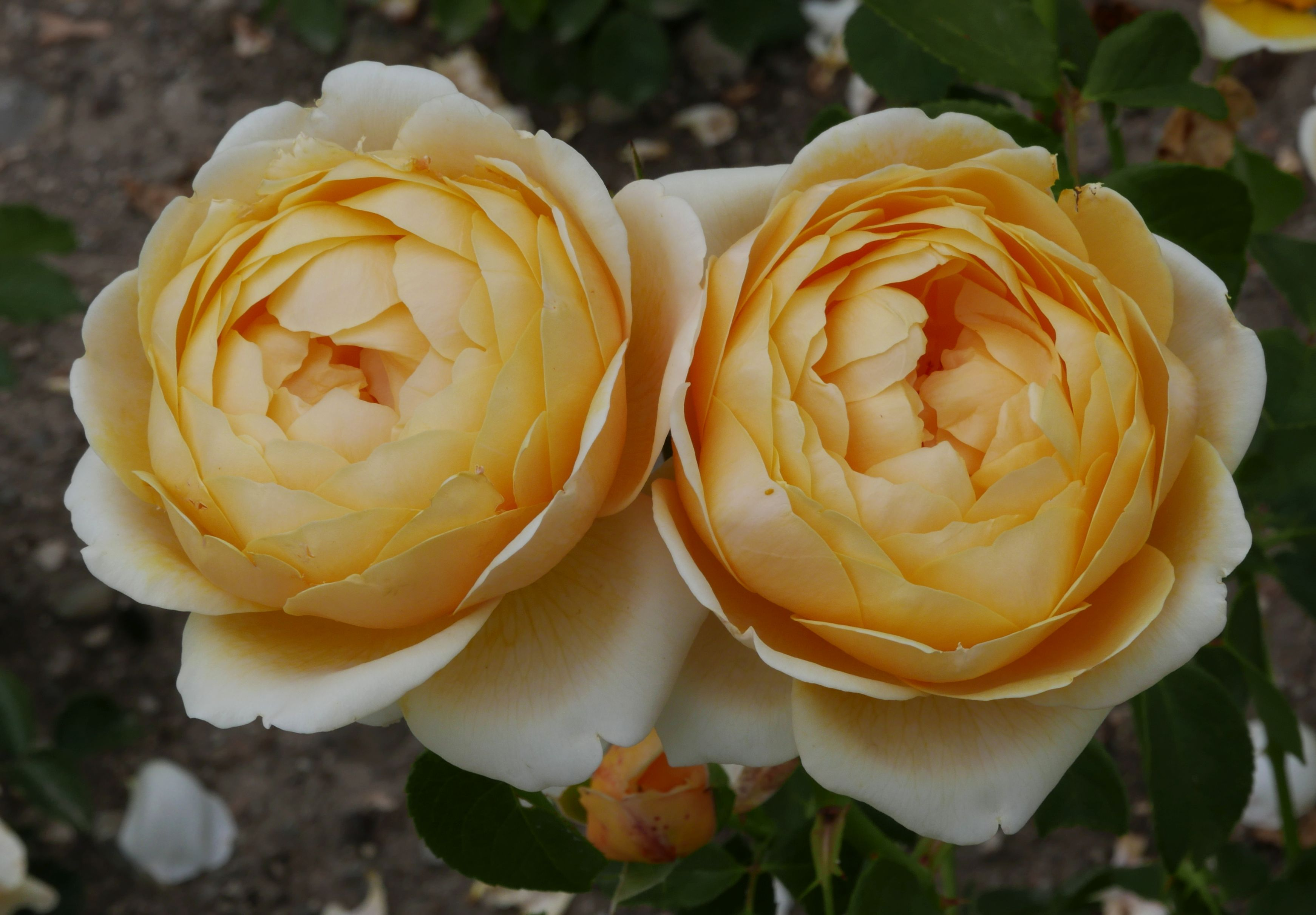
‘Charlotte’, Austin, 1993
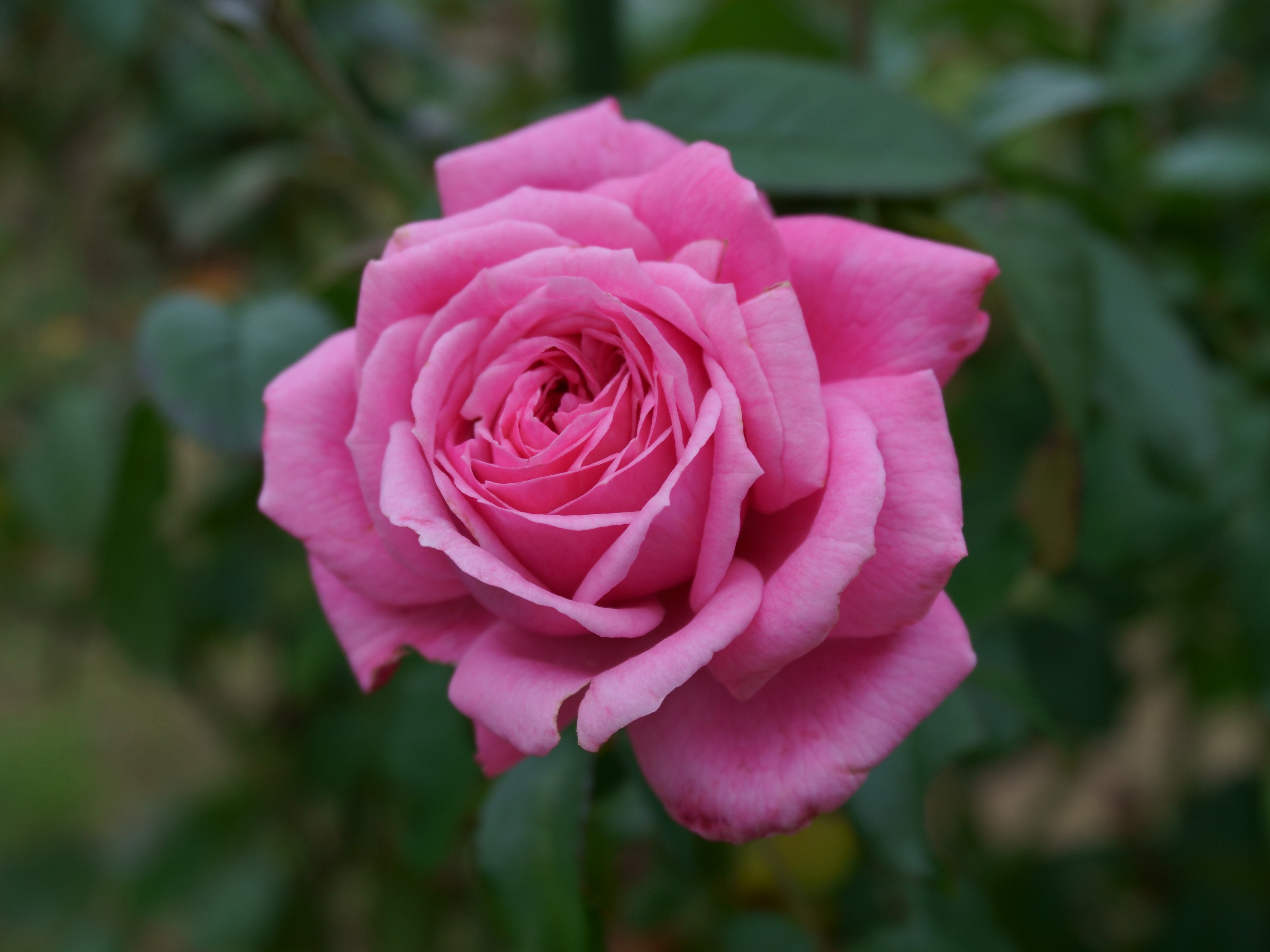
‘Charlotte Armstrong’, Walter E. Lammerts, 1940
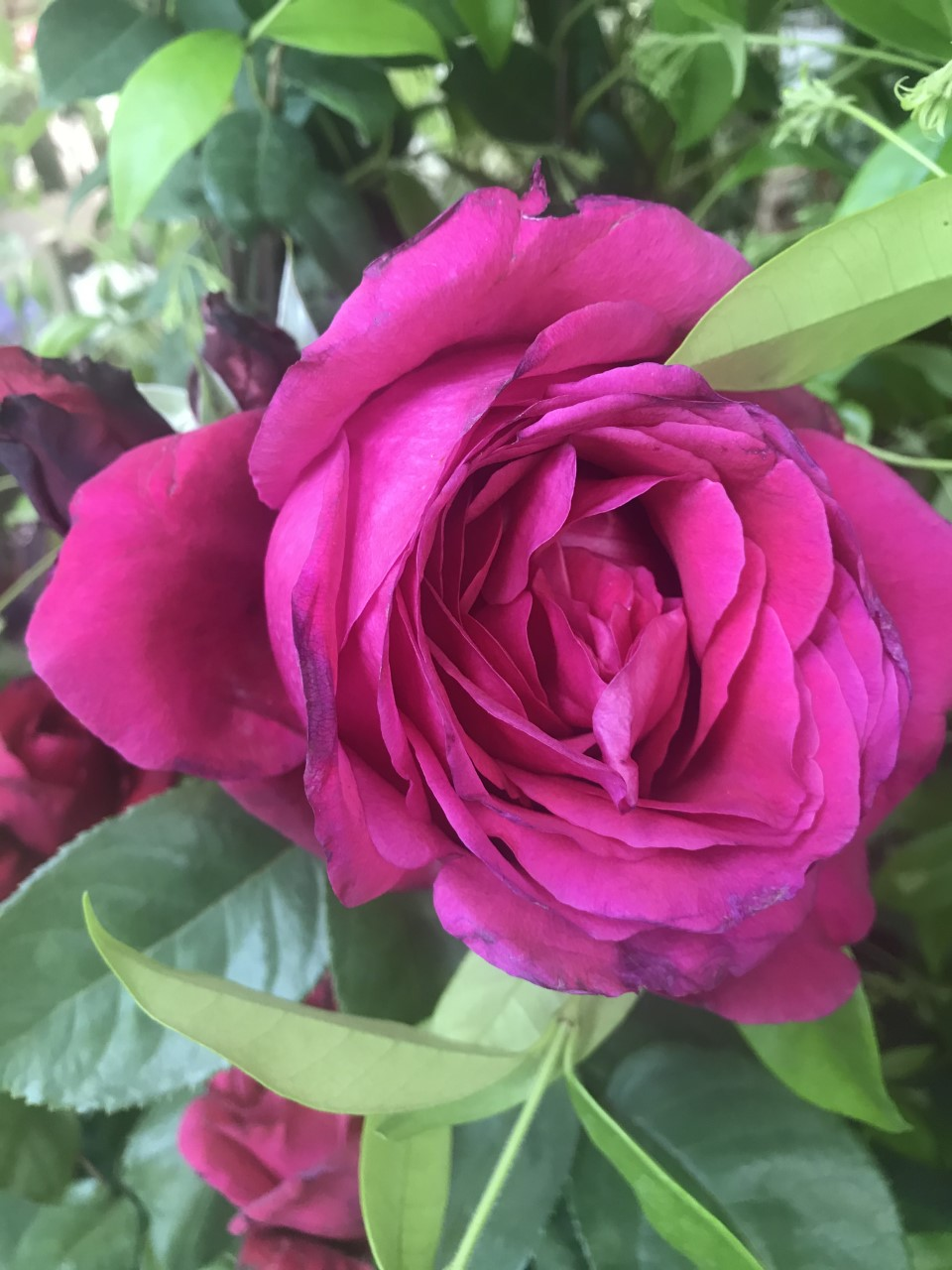
‘Charlotte Rampling’, Meilland, vor 1987
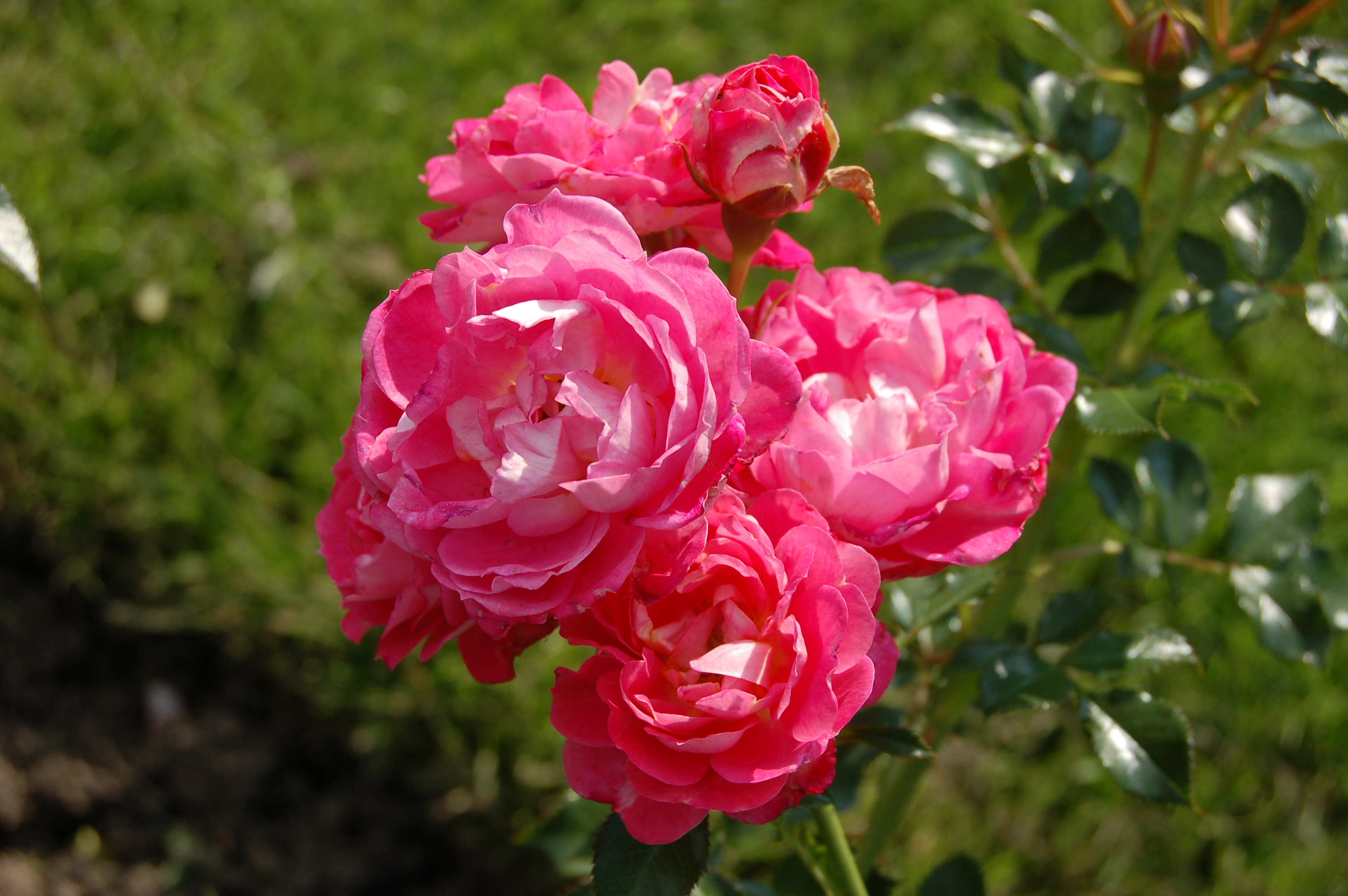
‘Charmant’, Kordes, 1999
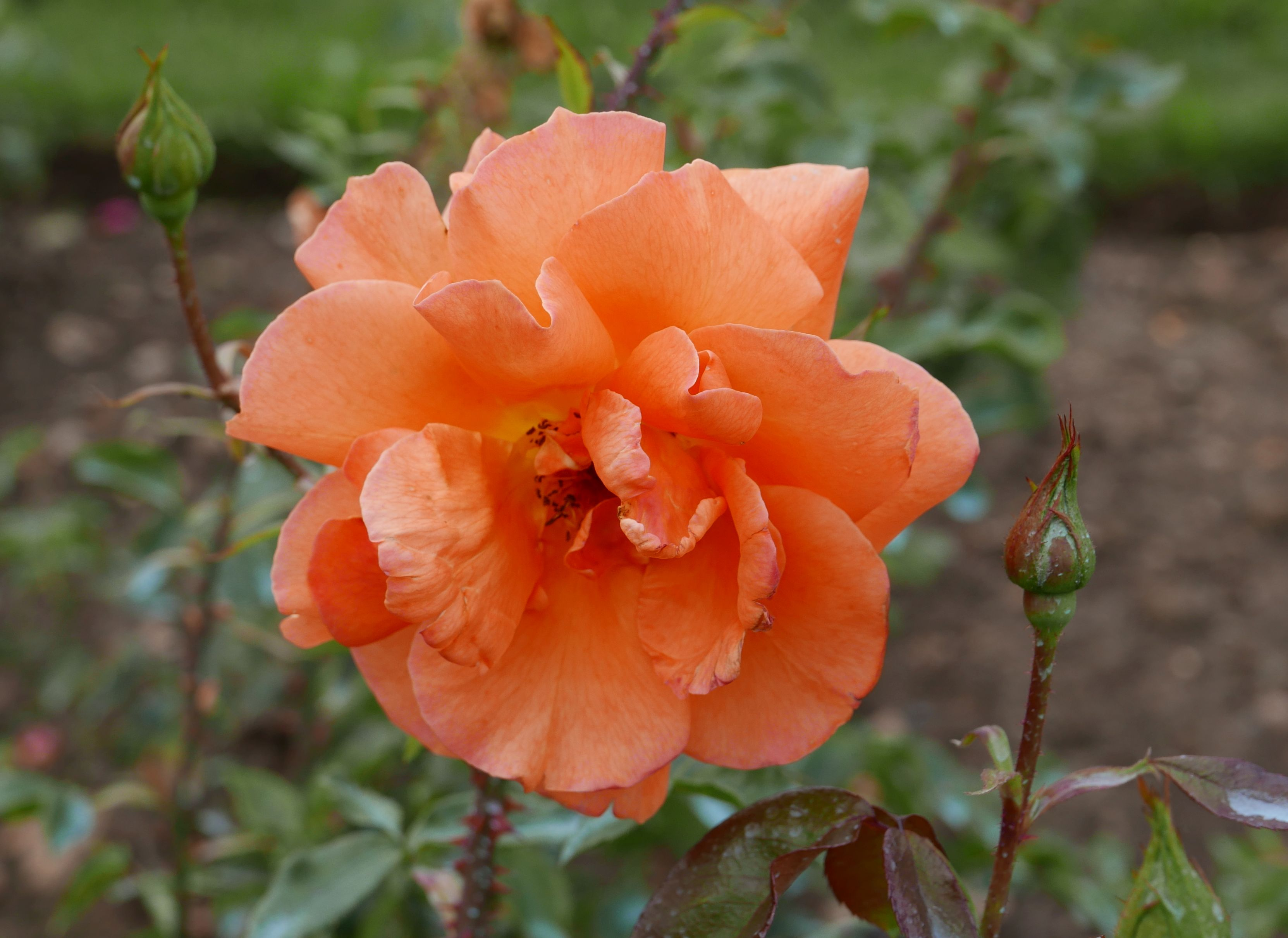
‘Charmente’, Huber, 1975
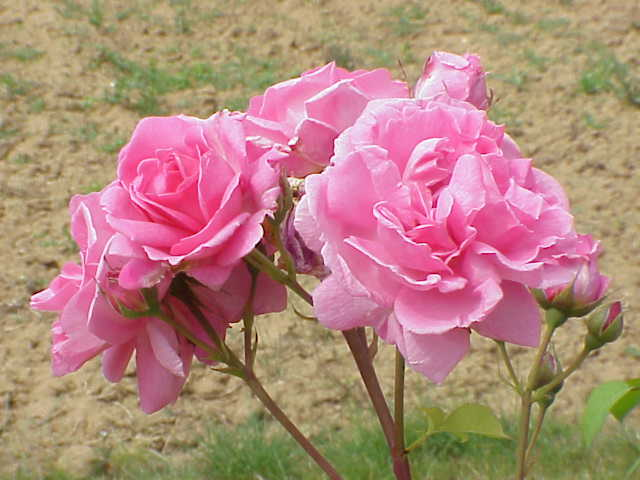
‘Charmian’, Austin, 1982
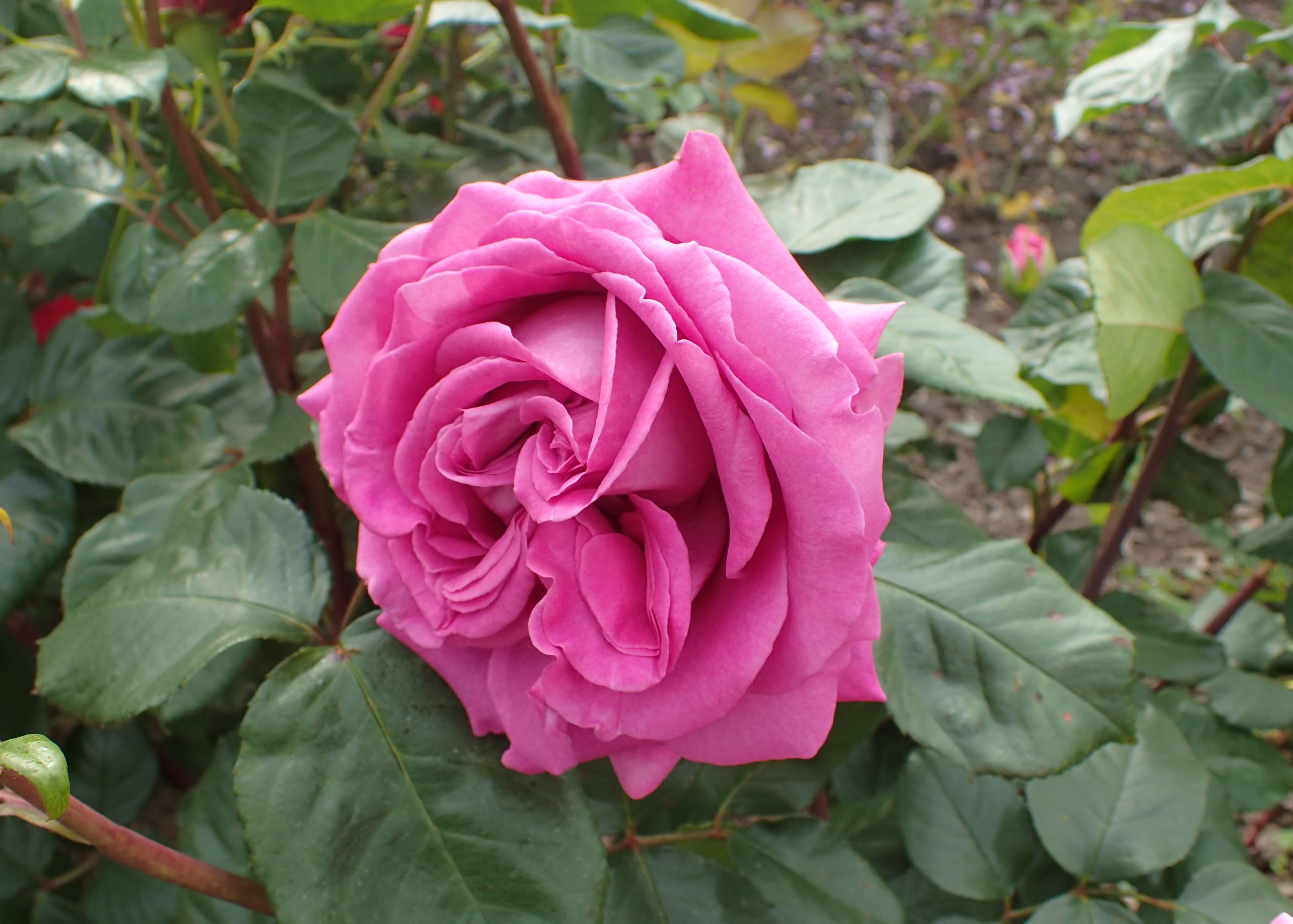
‘Chartreuse de Parme’, Delbard, 1996
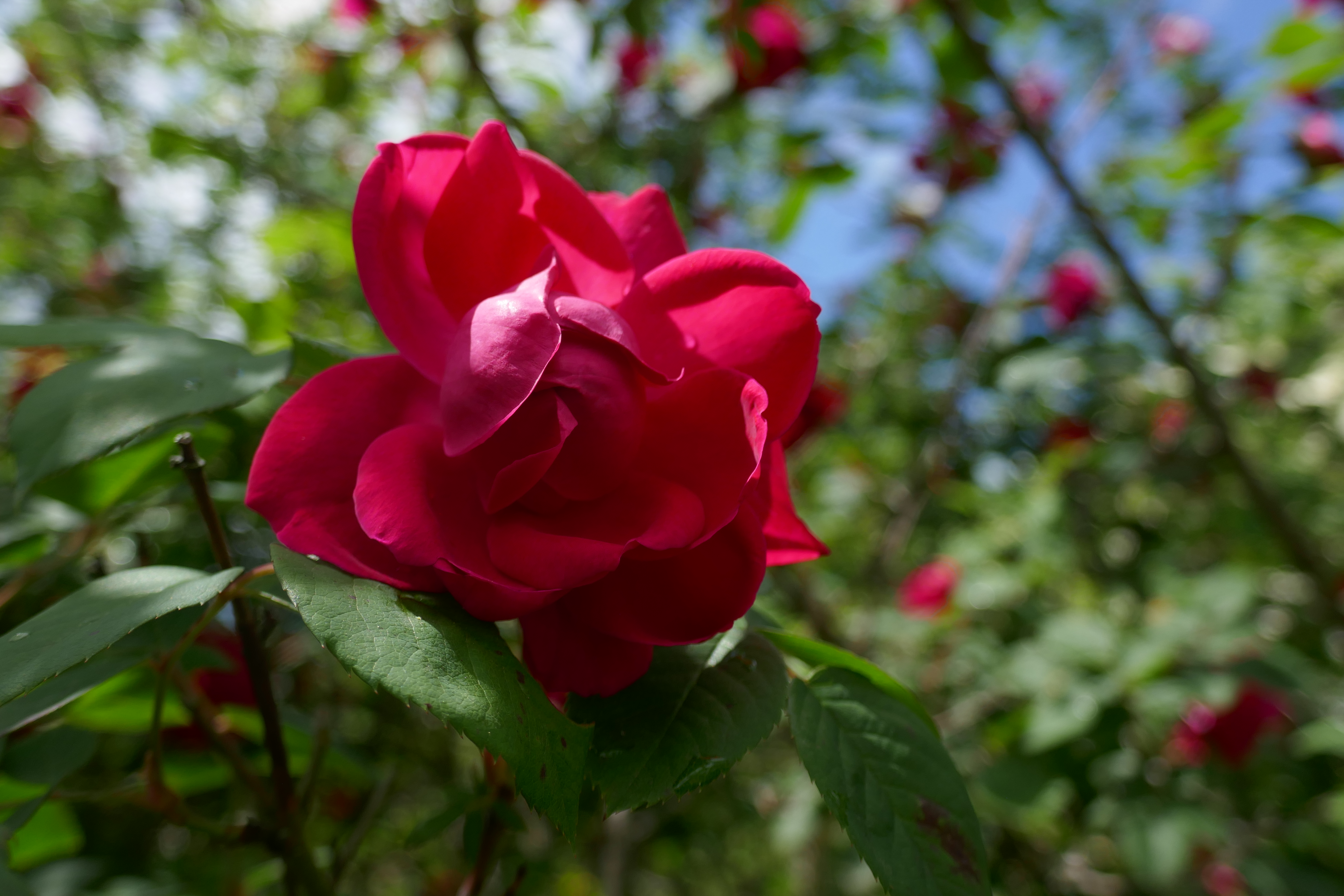
‘Château de Vaire’, Sauvageot, 1934
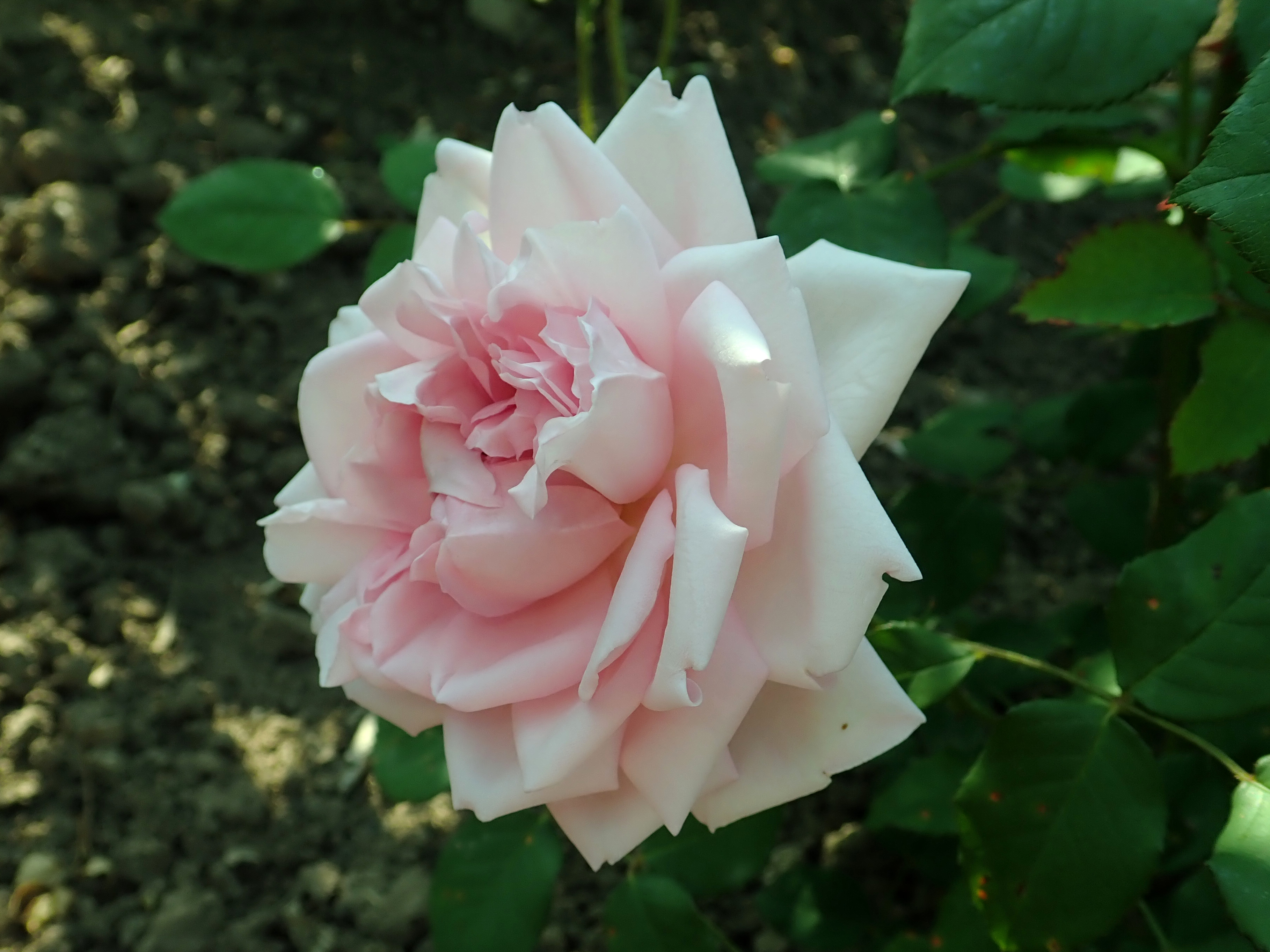
‘Chaucer’, David Austin, 1970
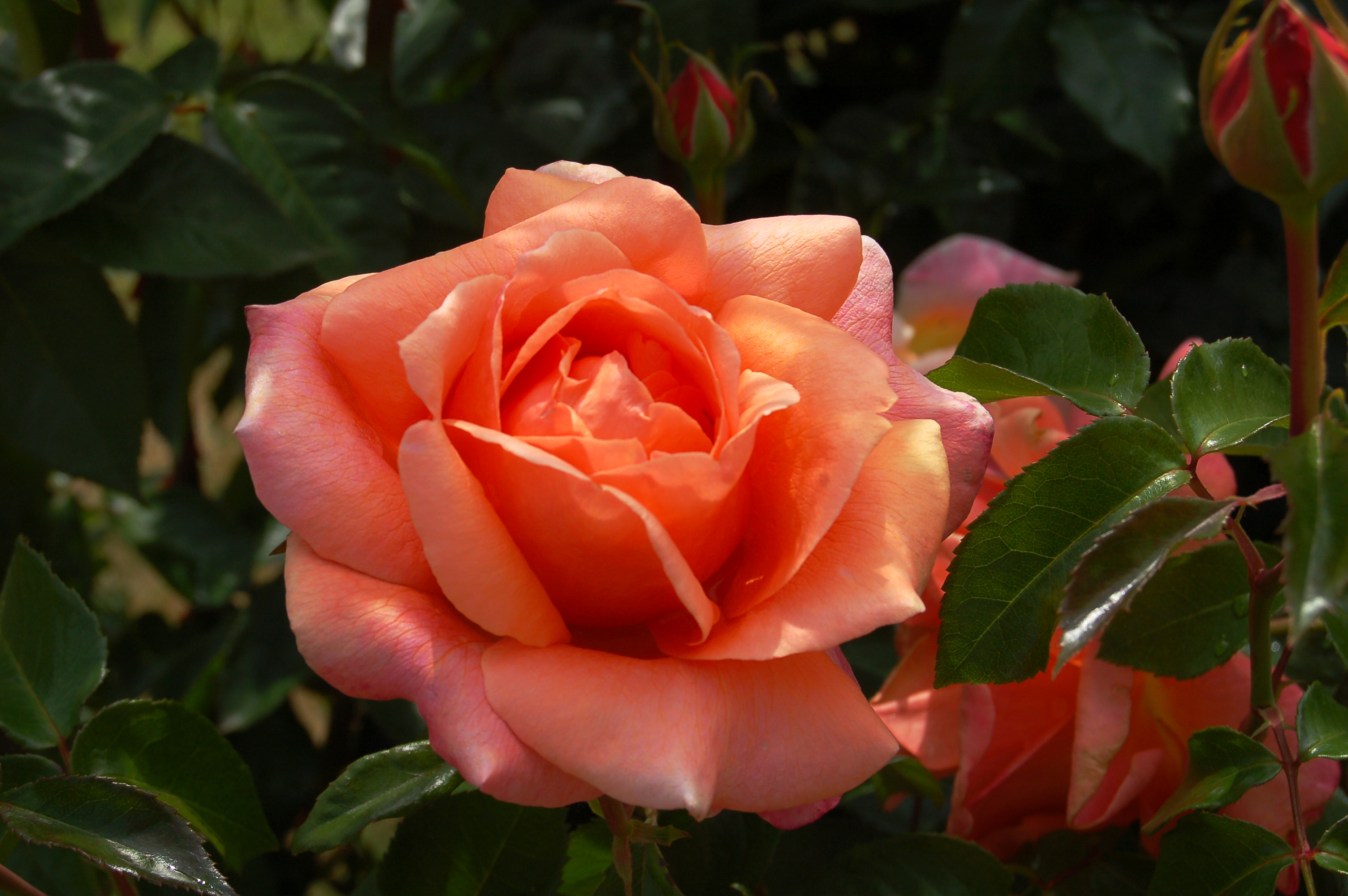
‘Cherry Brandy’, M. Tantau jun., 1985
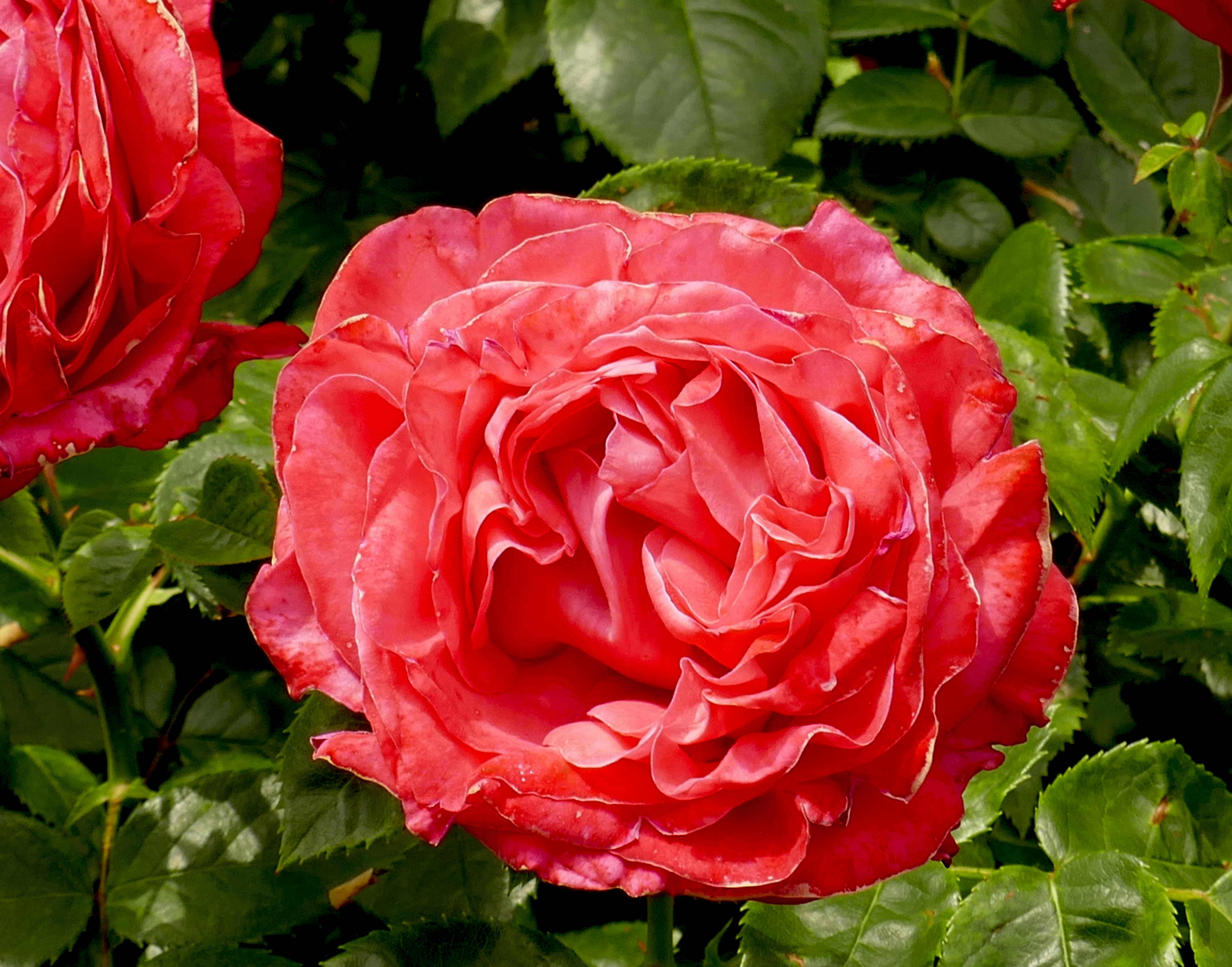
‘Cherry Lady’, Kordes, 2002
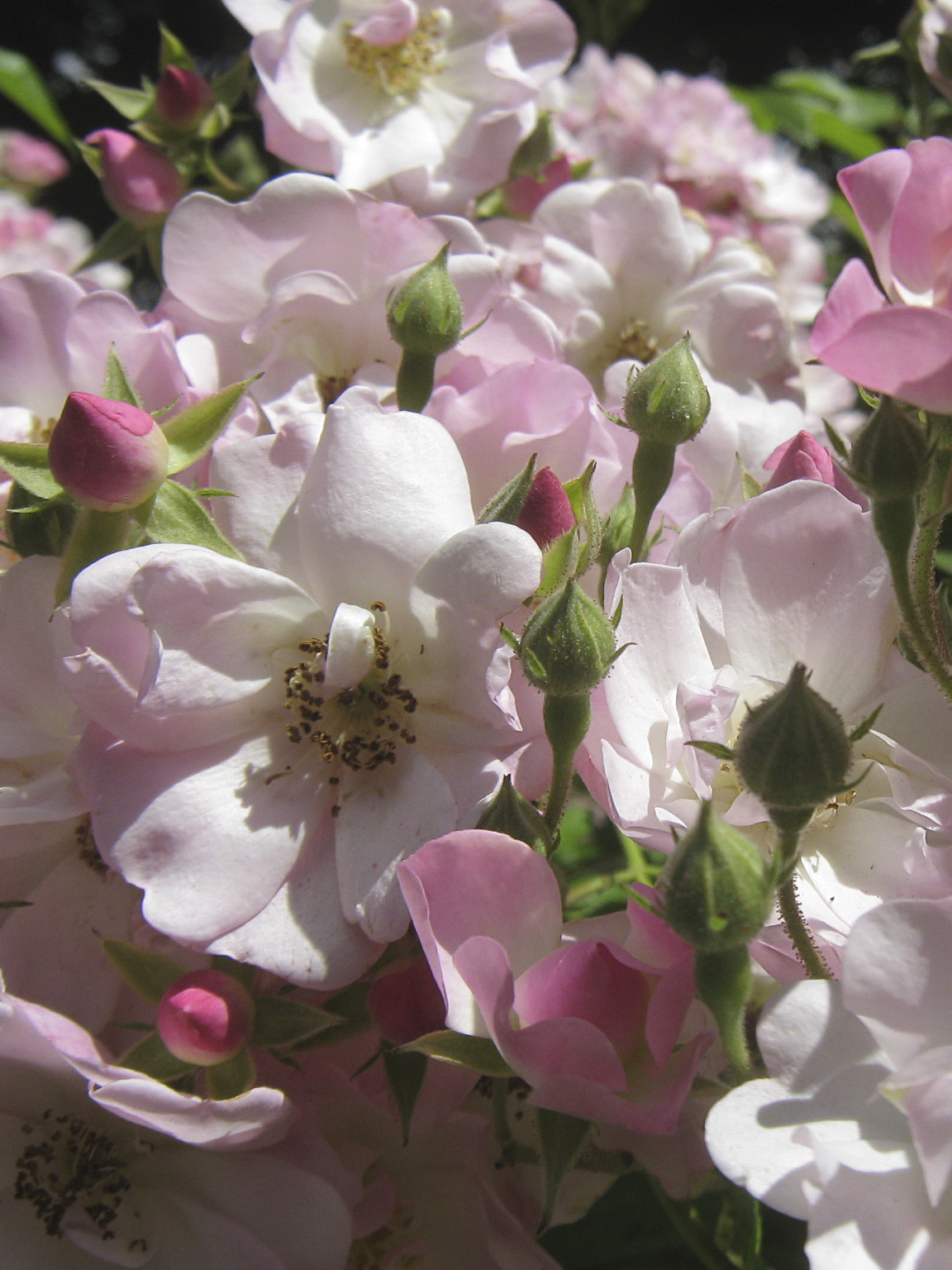
‘Cherub’, Alister Clark, 1923
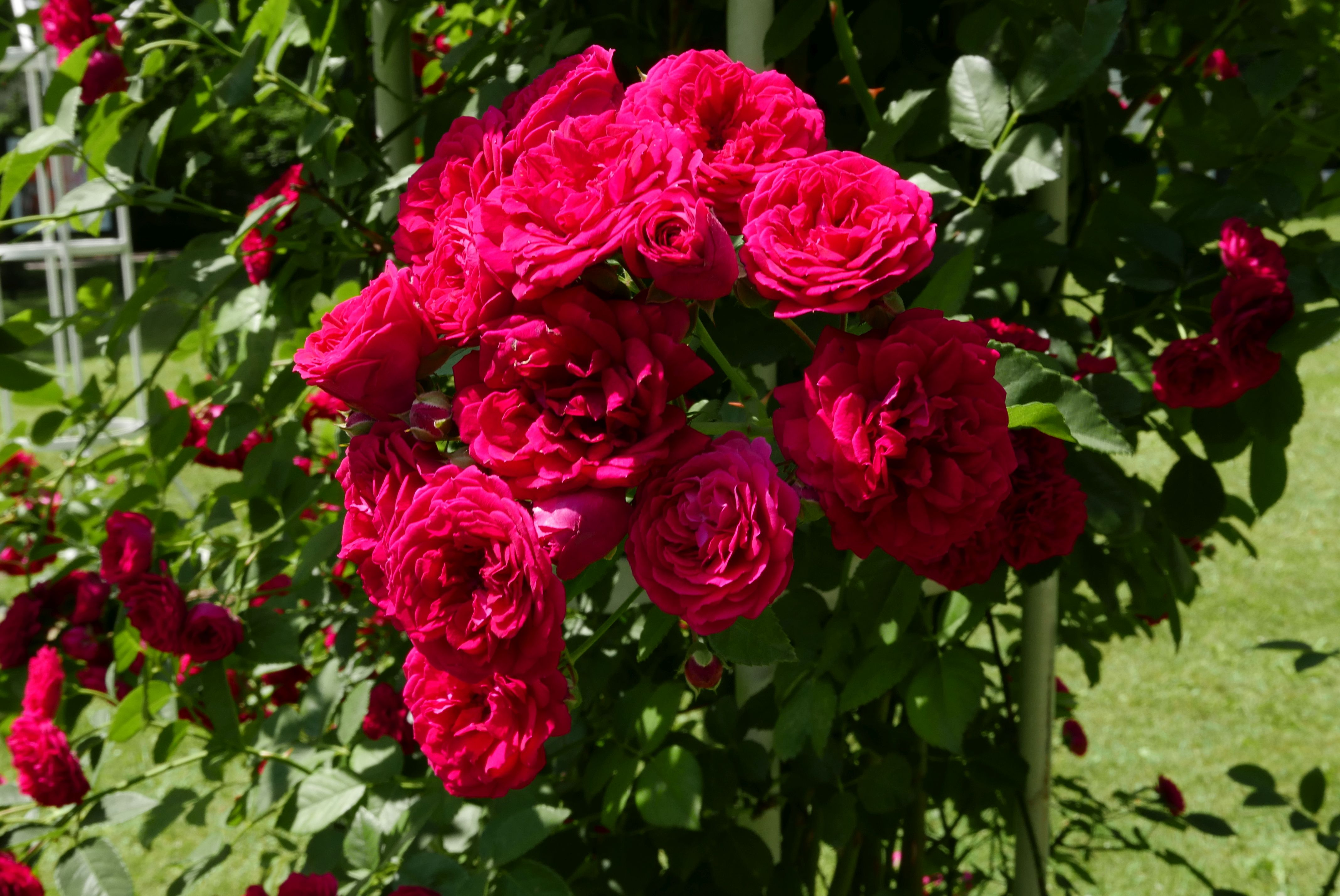
‘Chevy Chase’, Hansen, 1939
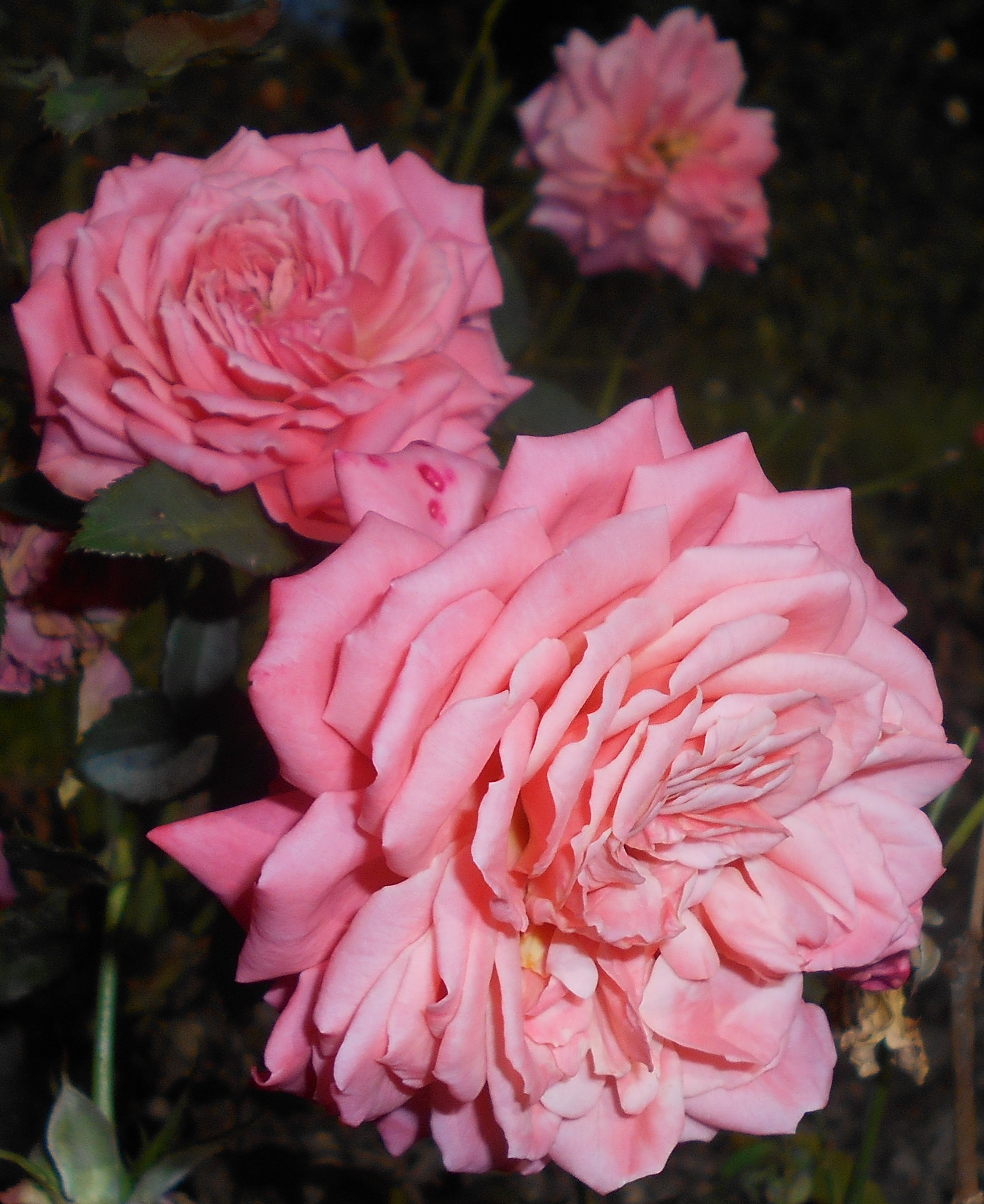
‘Chic’, Boerner, 1953
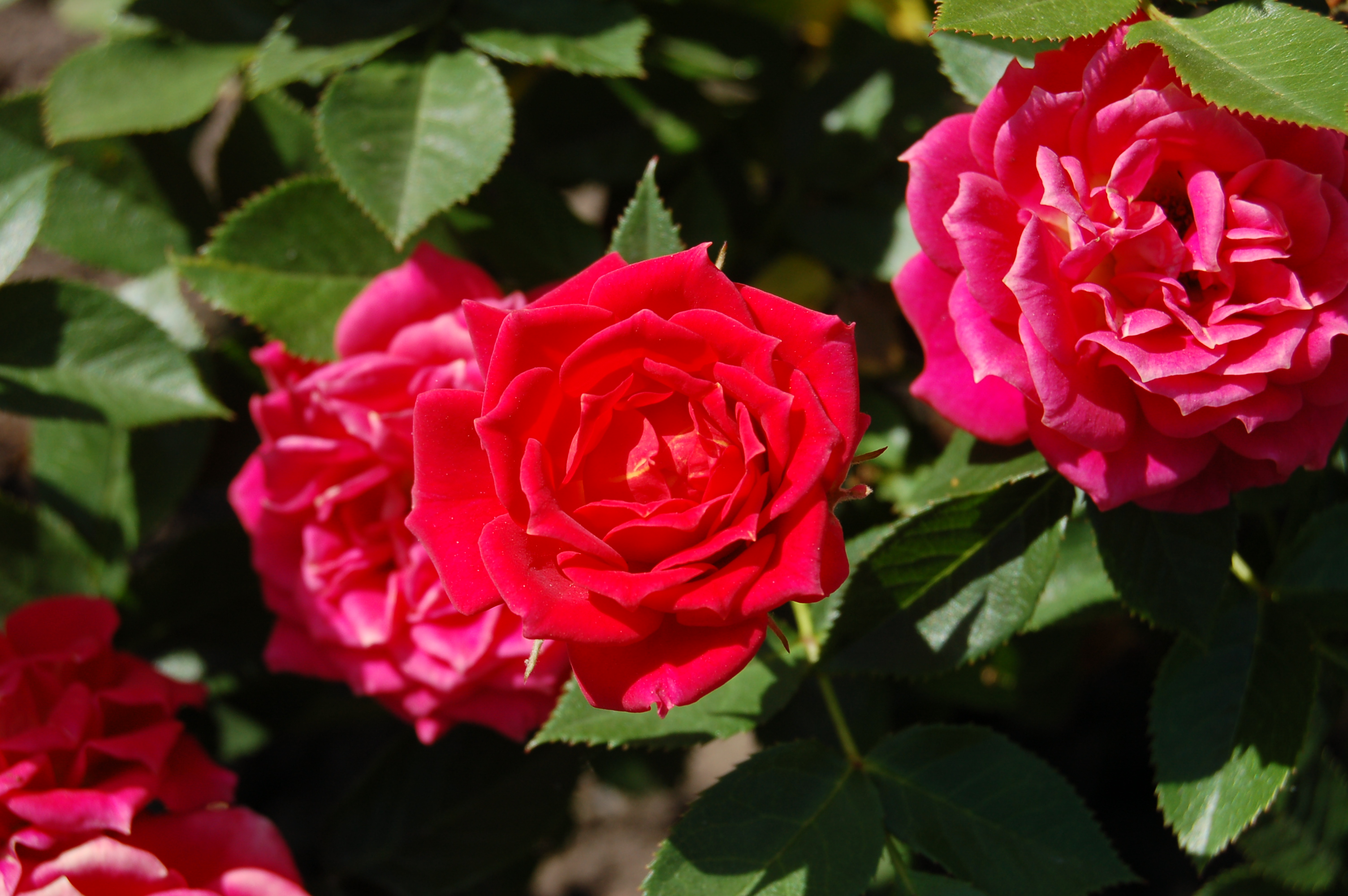
‘Chilli Clementine’, Tantau, 2004
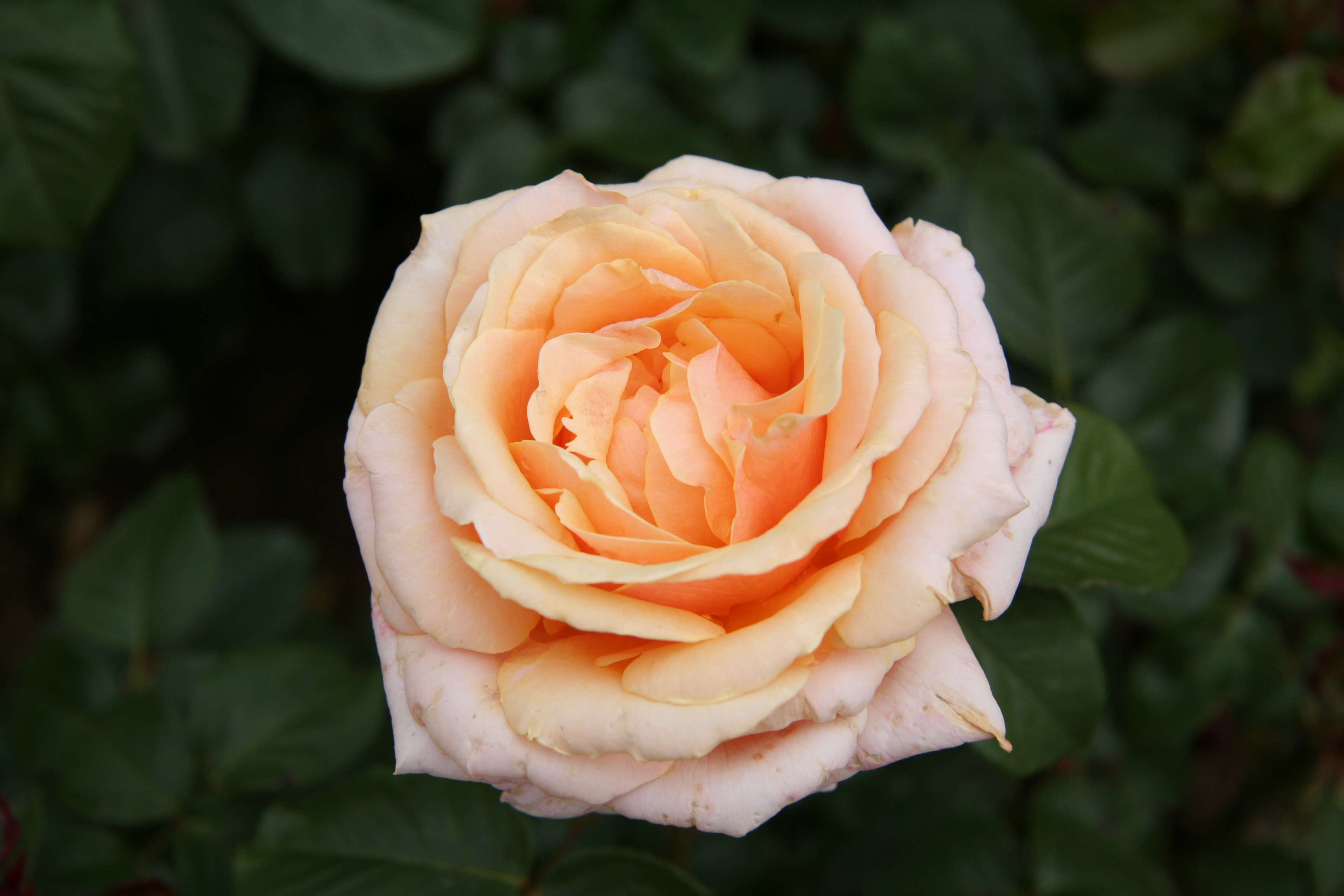
‘Chimène’ (auch ‘Sue Hipkin’, ‘Sweet Revelation’), Harkness, 1998
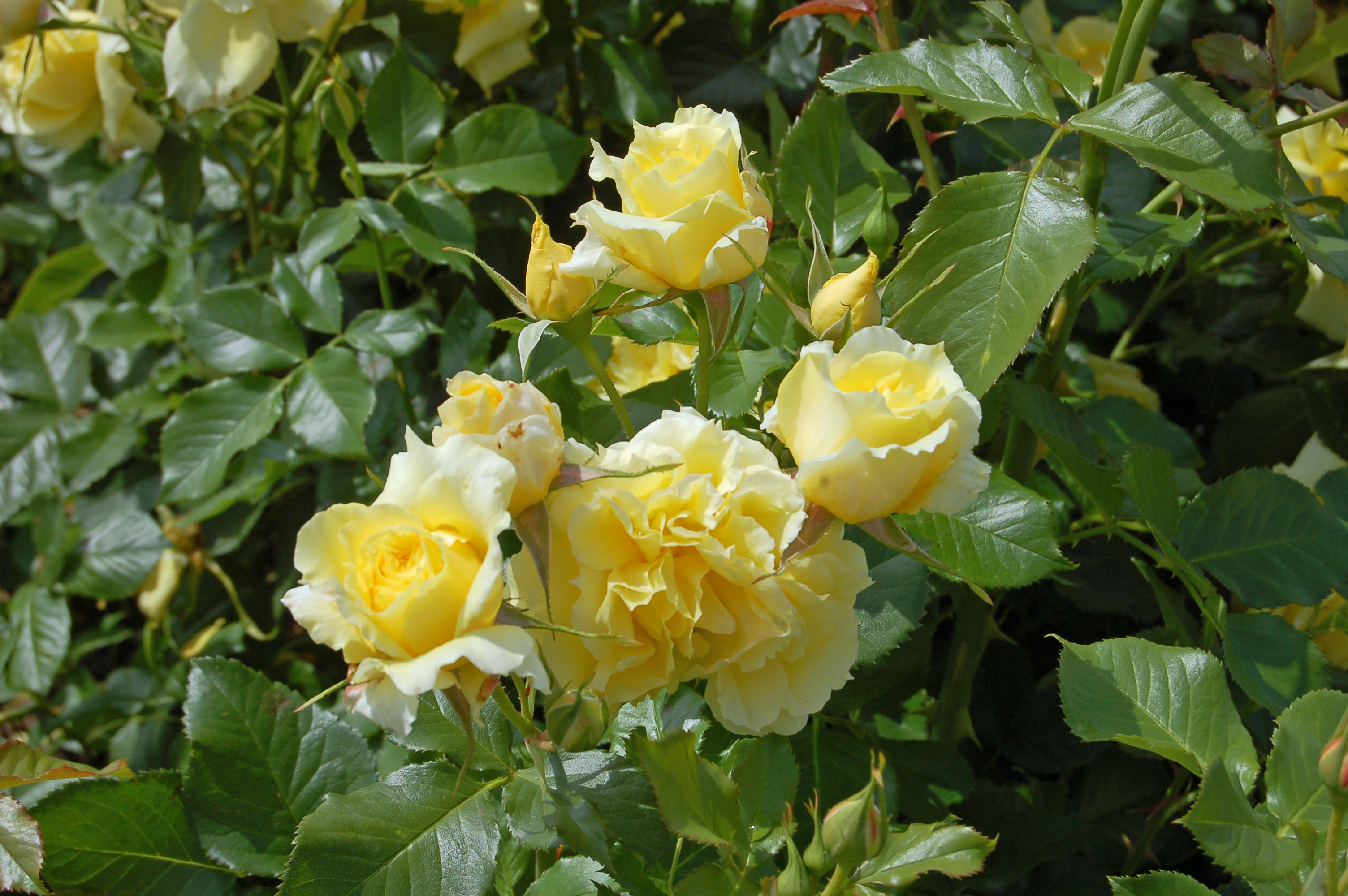
‘China Girl’, Tantau, 2005
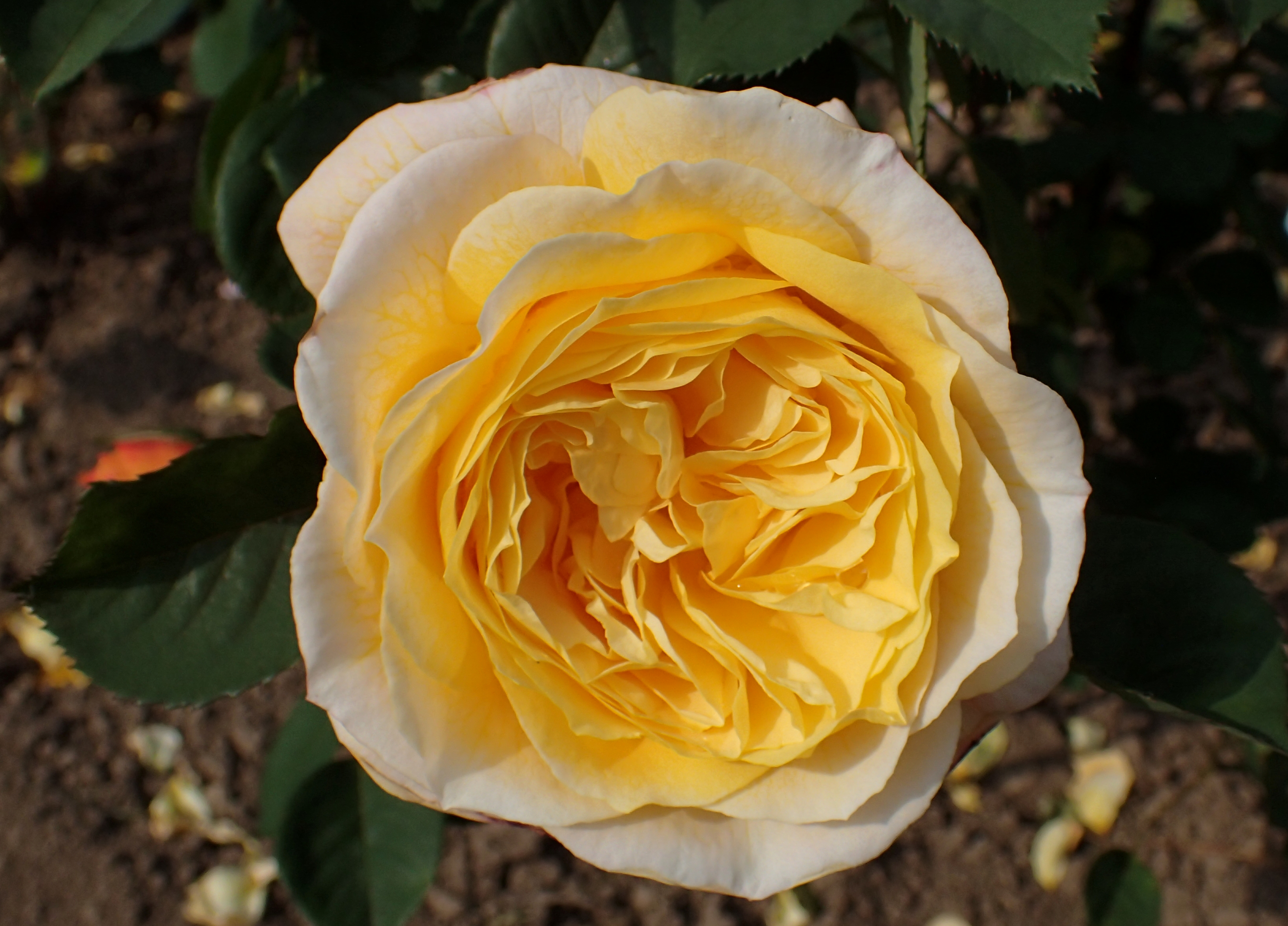
‘Chinatown’, Poulsen, 1963
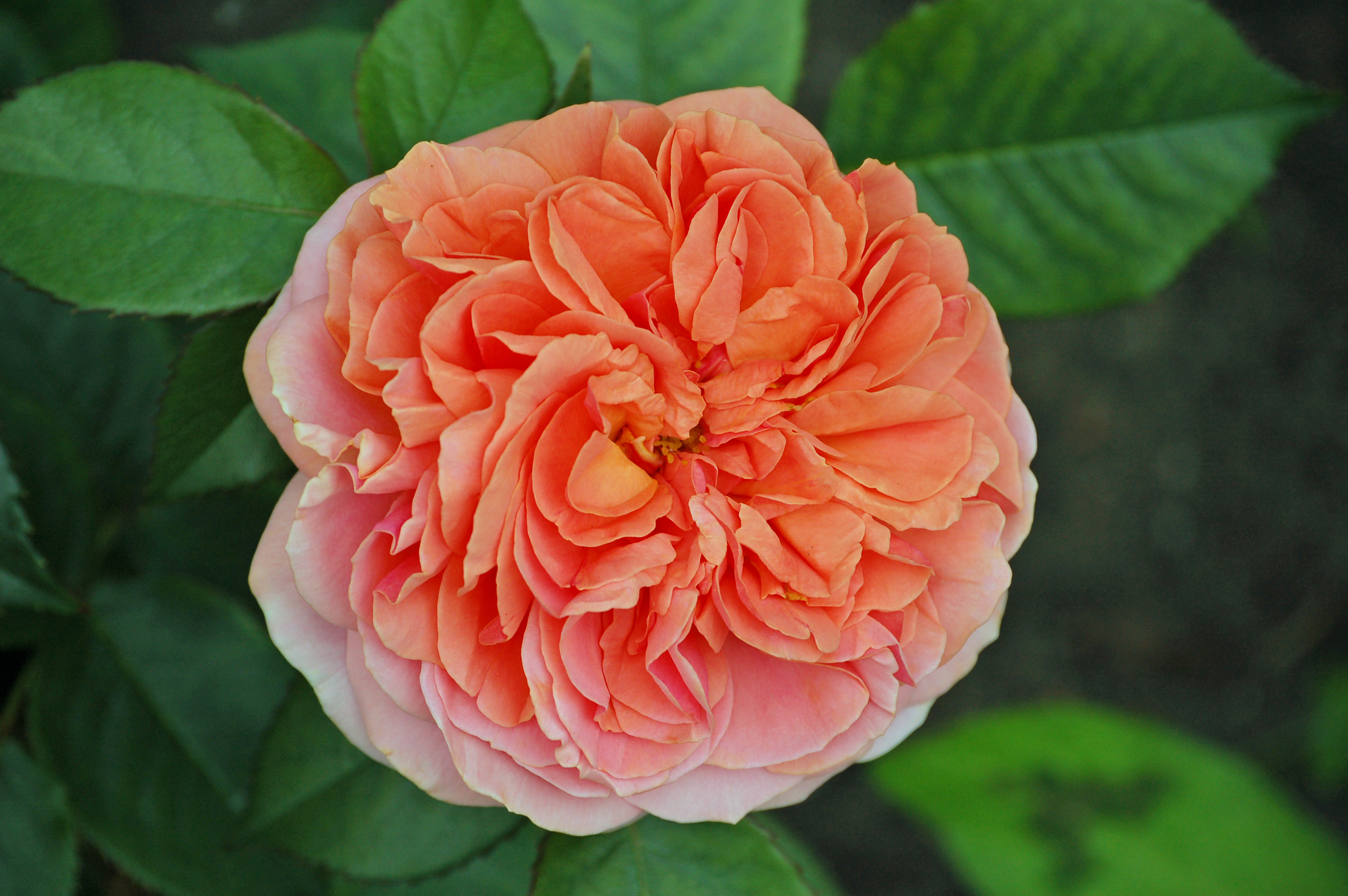
‘Chippendale’, Tantau, 2005
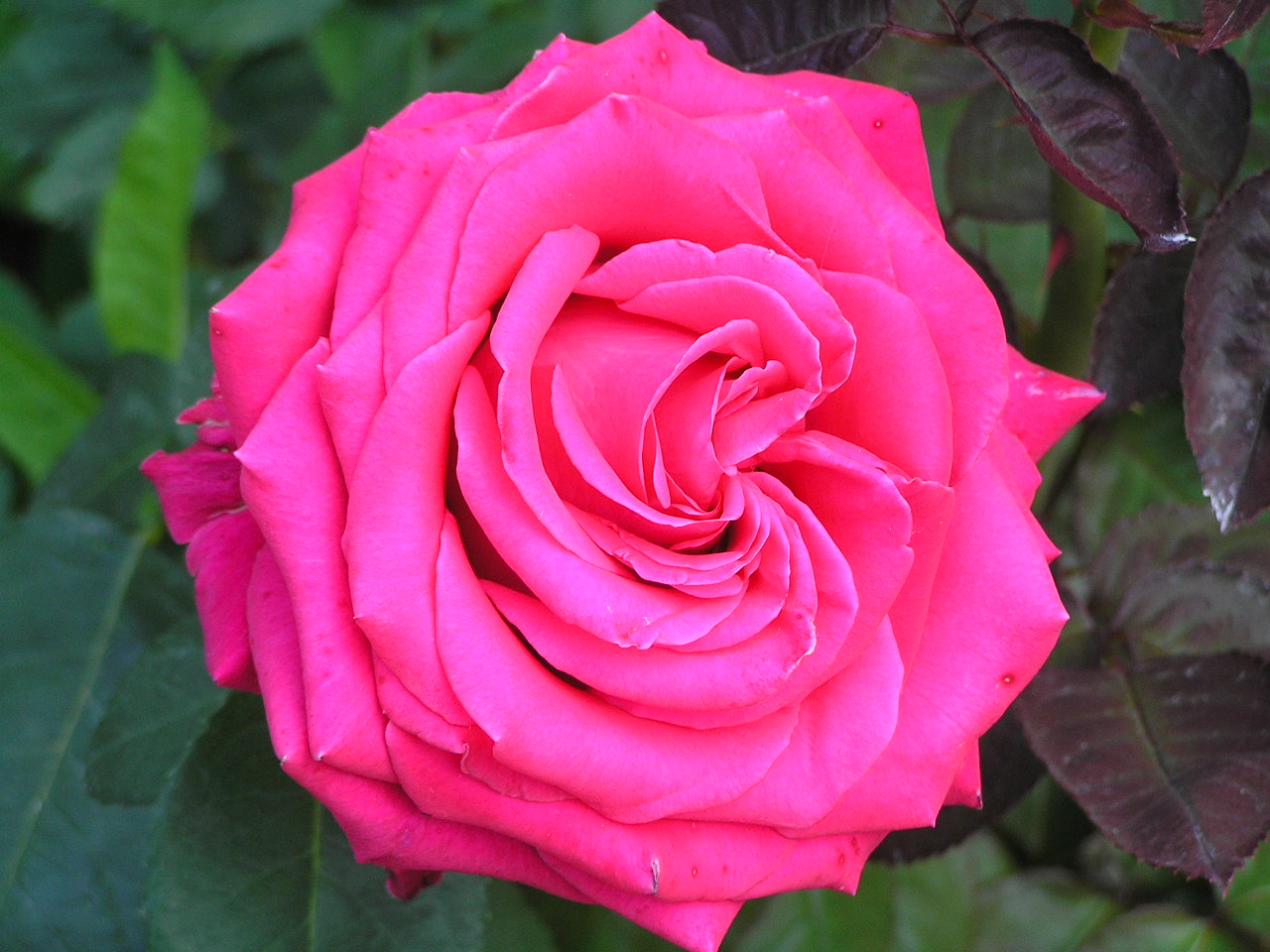
‘Chiyo’, Kaichiro Ōta, 1975
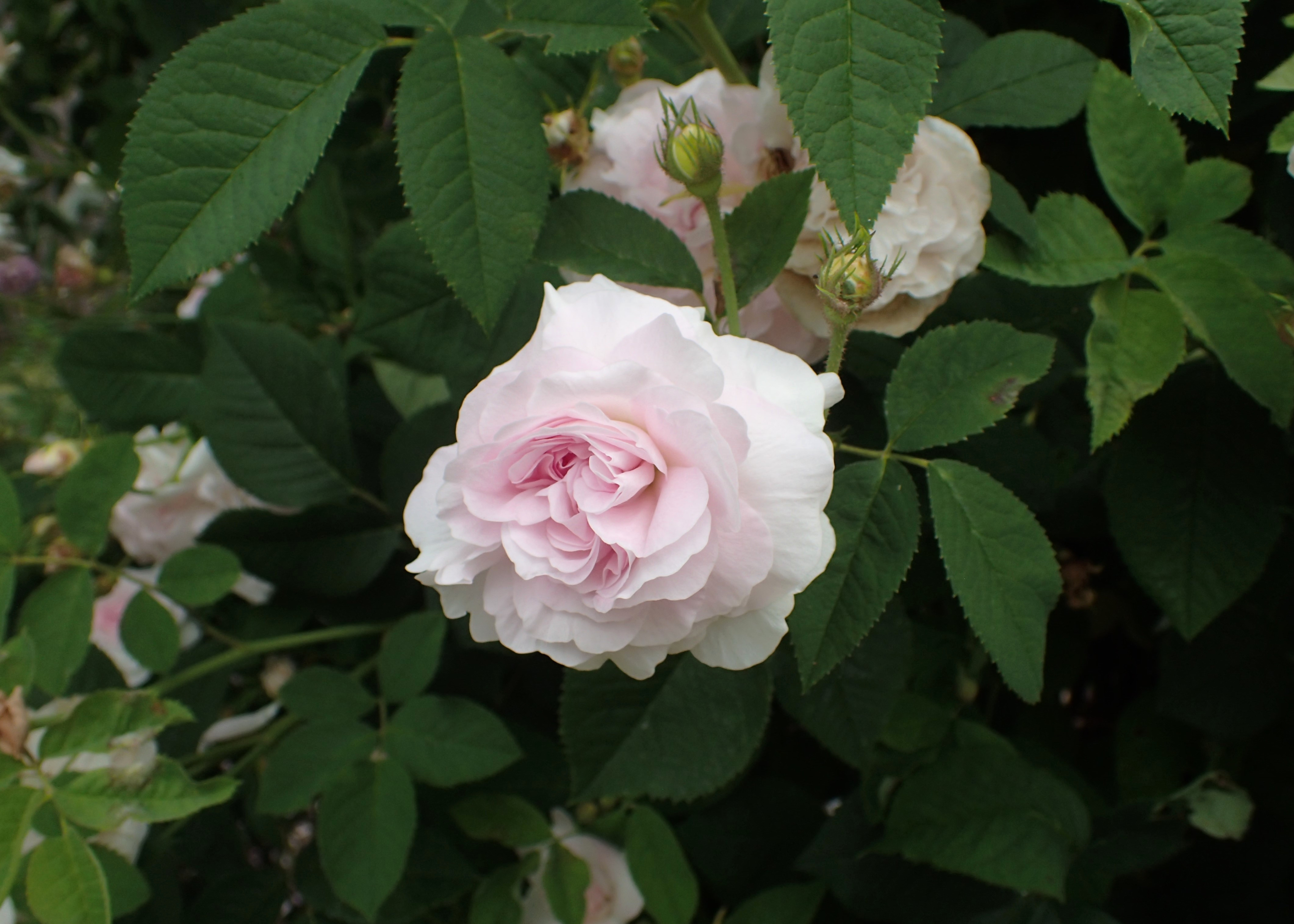
‘Chloris’, Descemet, vor 1814
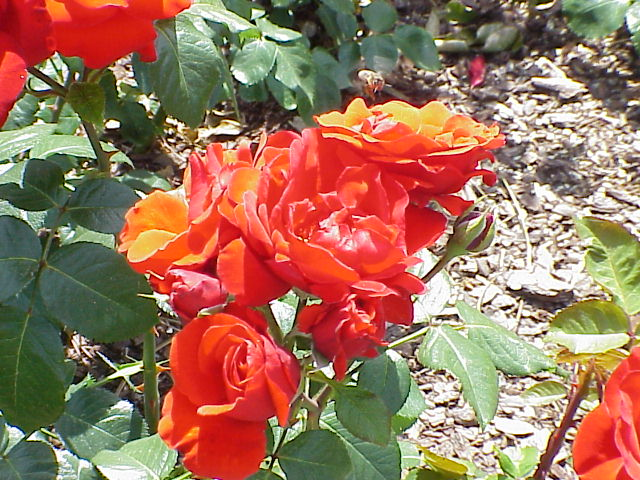
‘Chorus’, Meilland, 1975
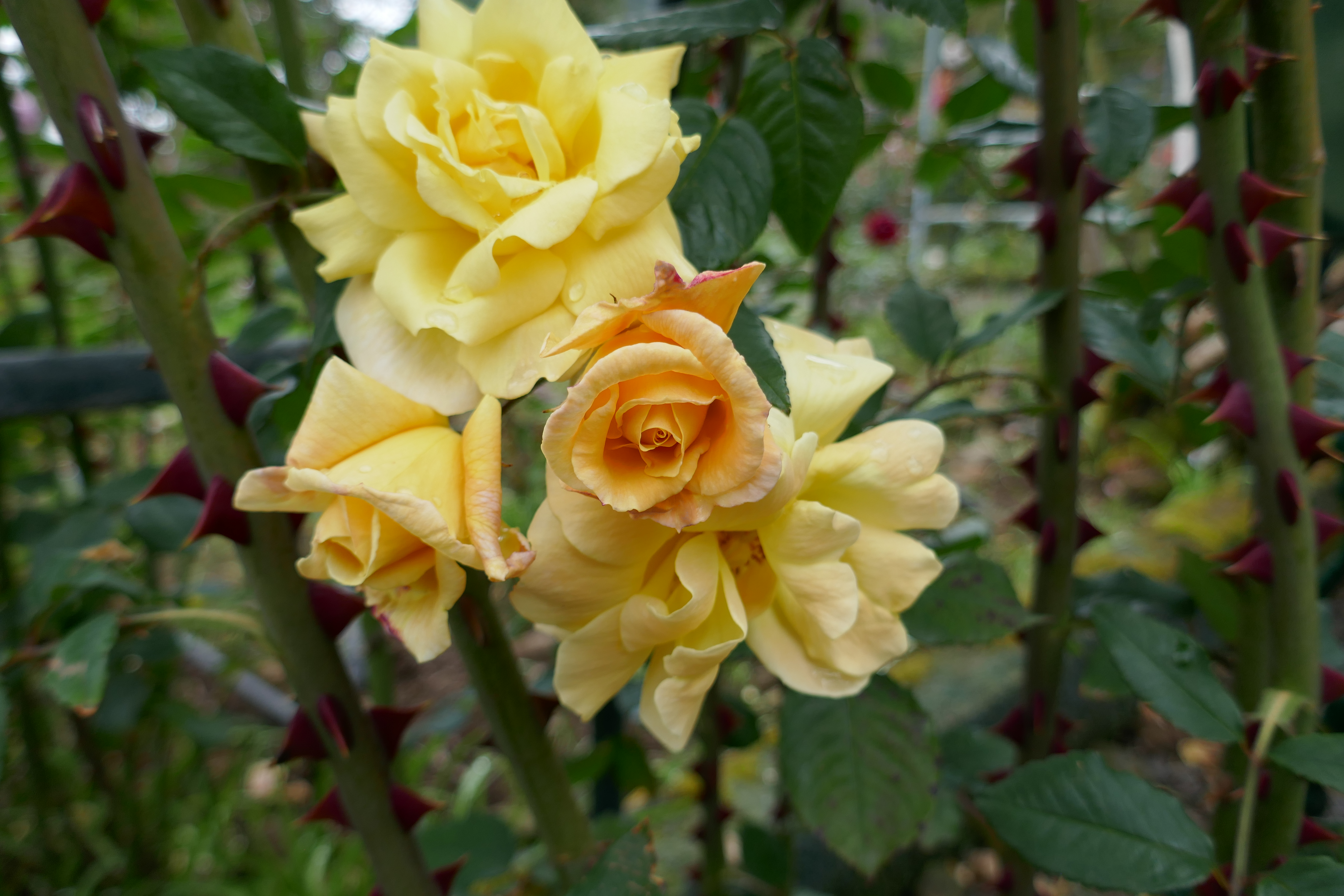
‘Chris’, Kirkham, 1998
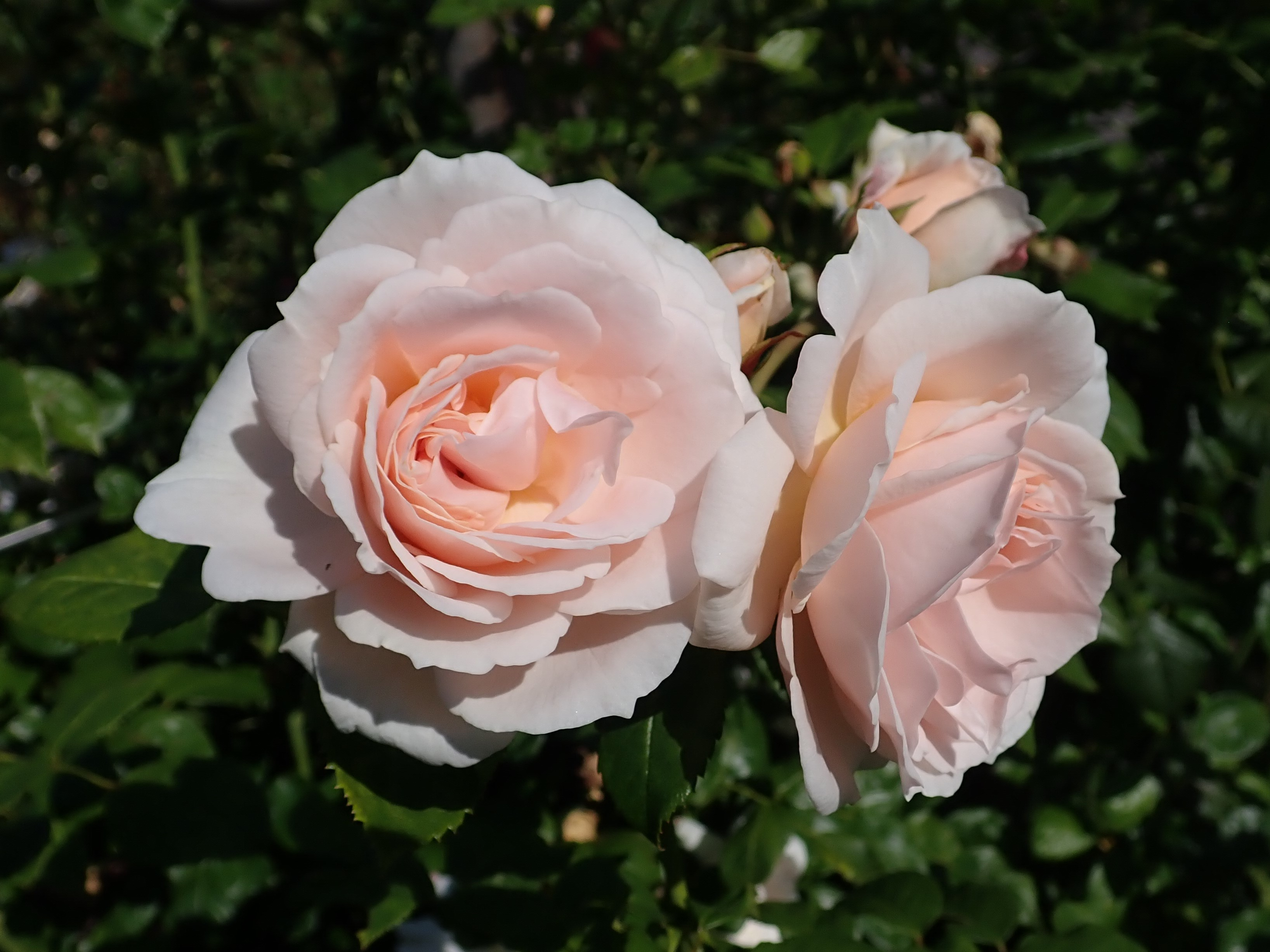
‘Chris’ (2012), Warner, 2012
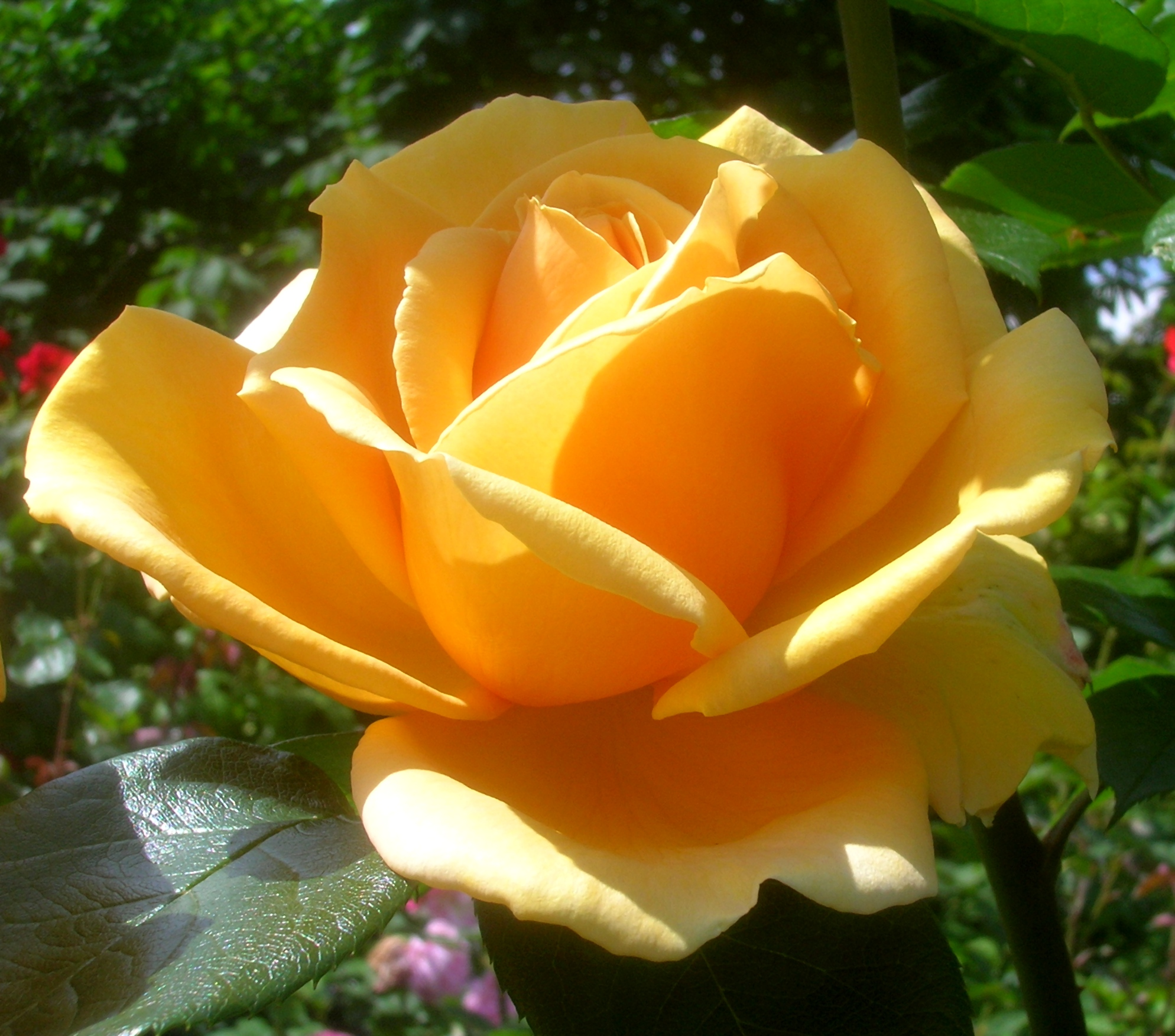
‘Christel von der Post’, Kordes, 1990
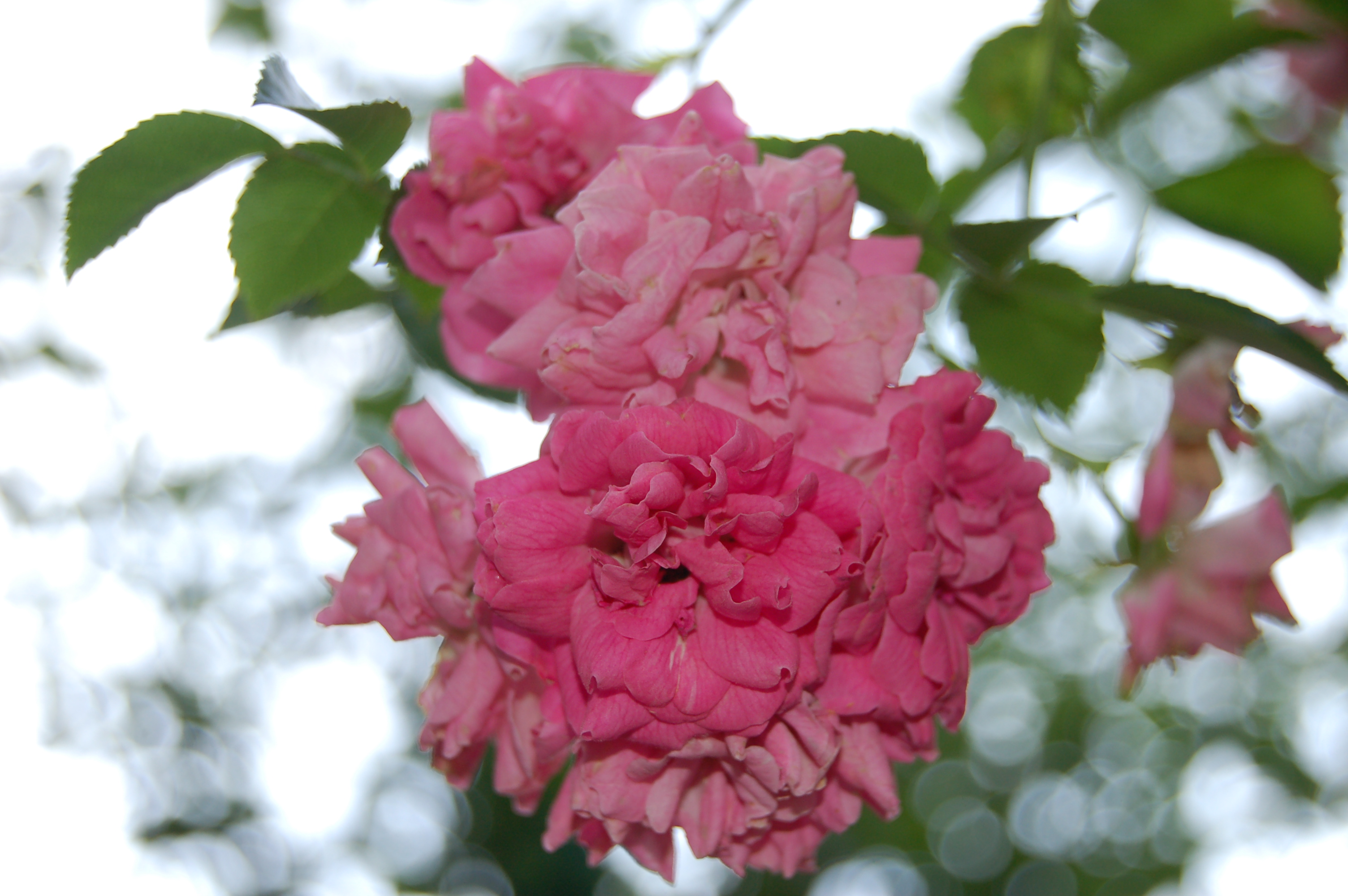
‘Christian Curle’, Cocker 1910
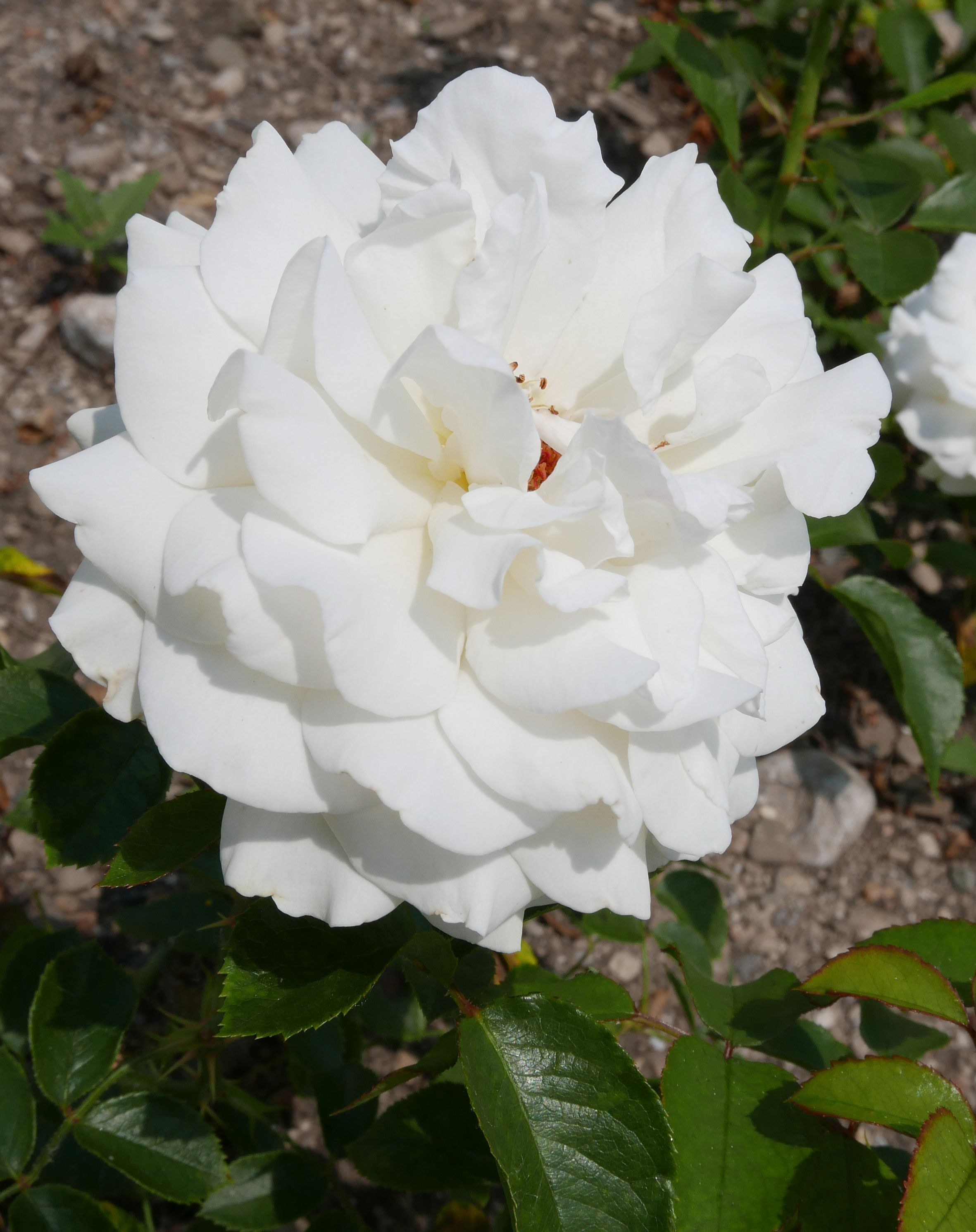
‘Christiane Hörbiger’, McGredy, 1993
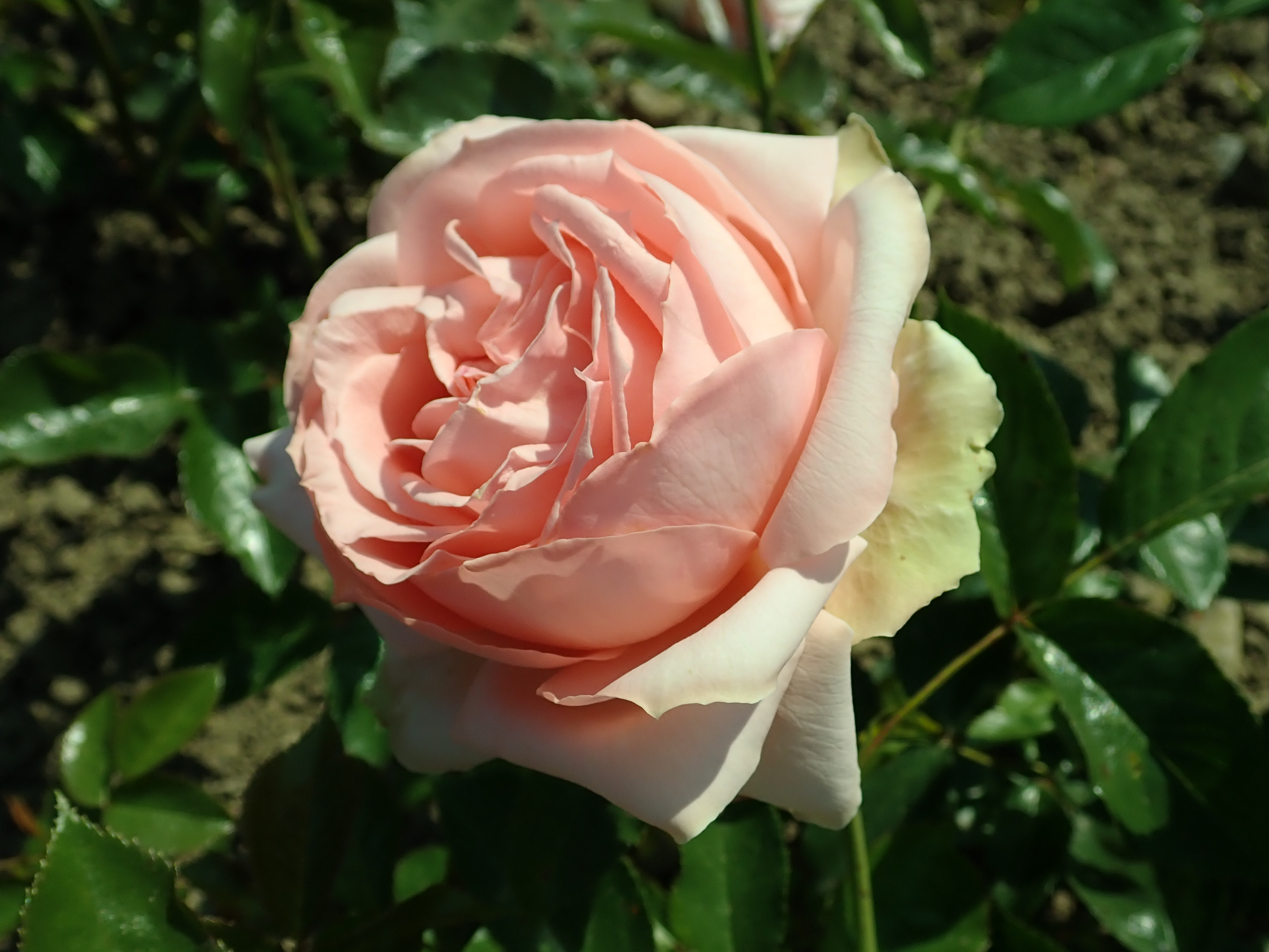
‘Christl Flocke’, Ewald Scholle, 1995
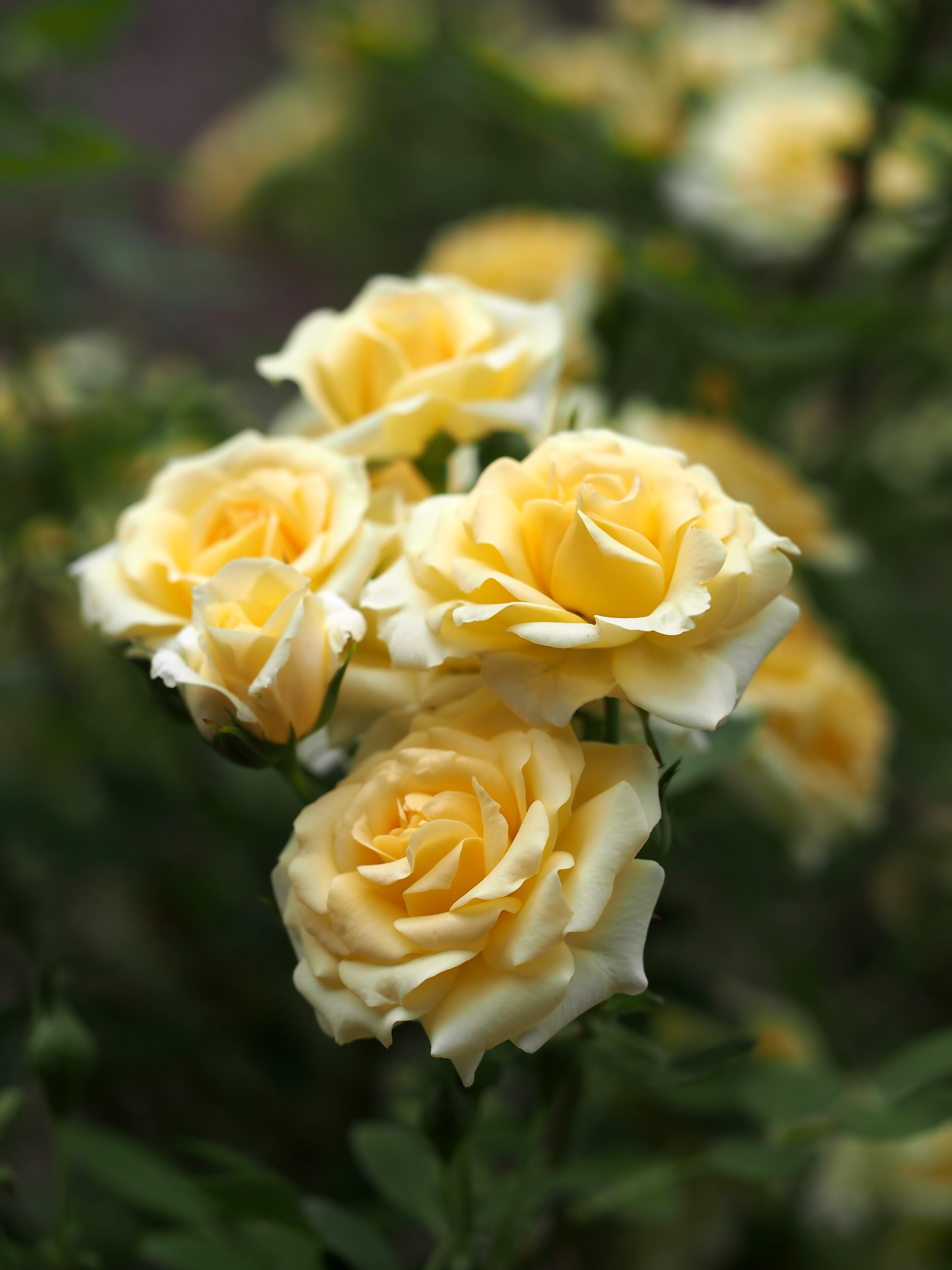
‘Christmas Bell’, Tsuyoshi Ishii, 2005
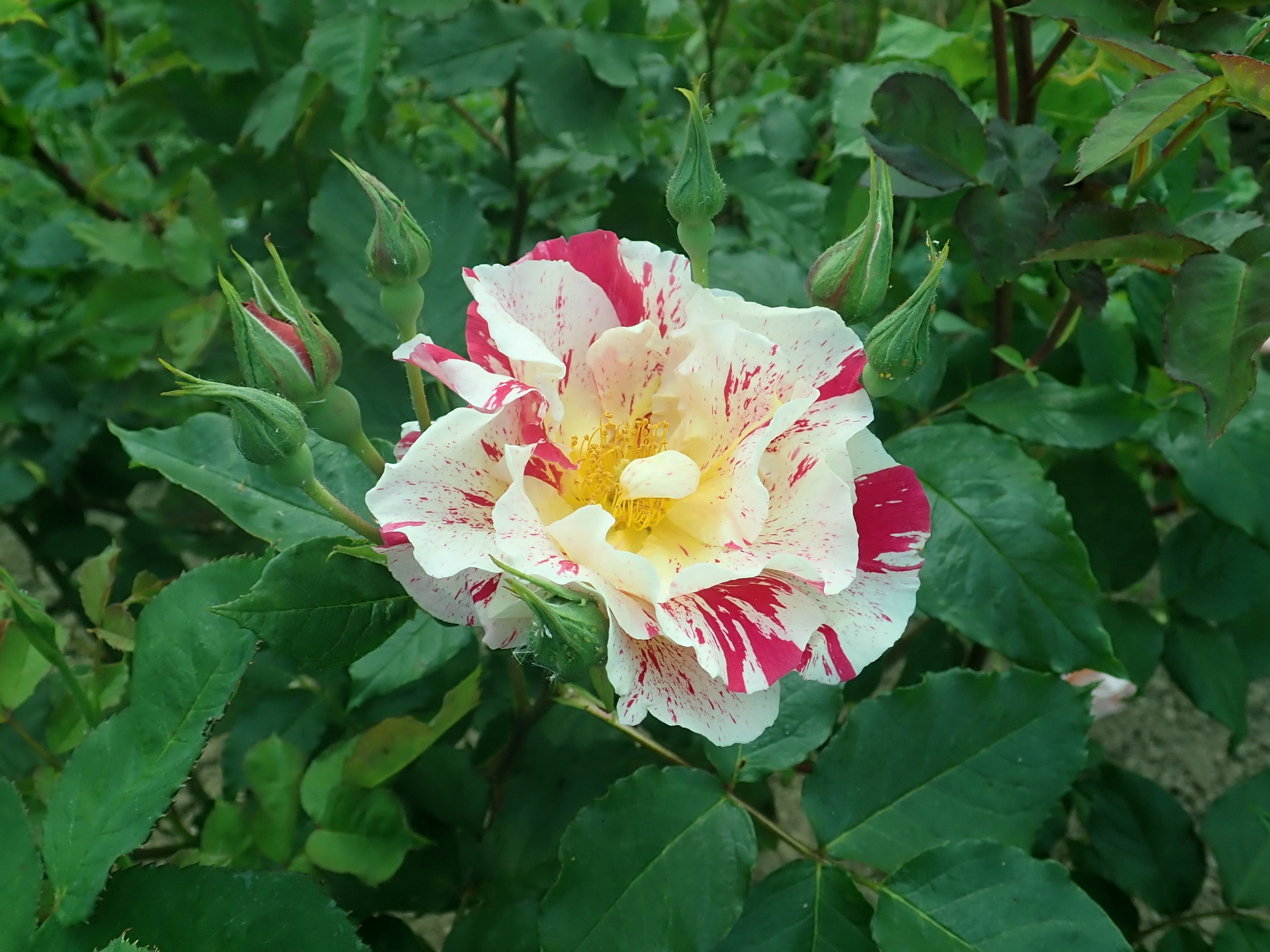
‘Christophe de Combejean’, Dominique Massad, 2004
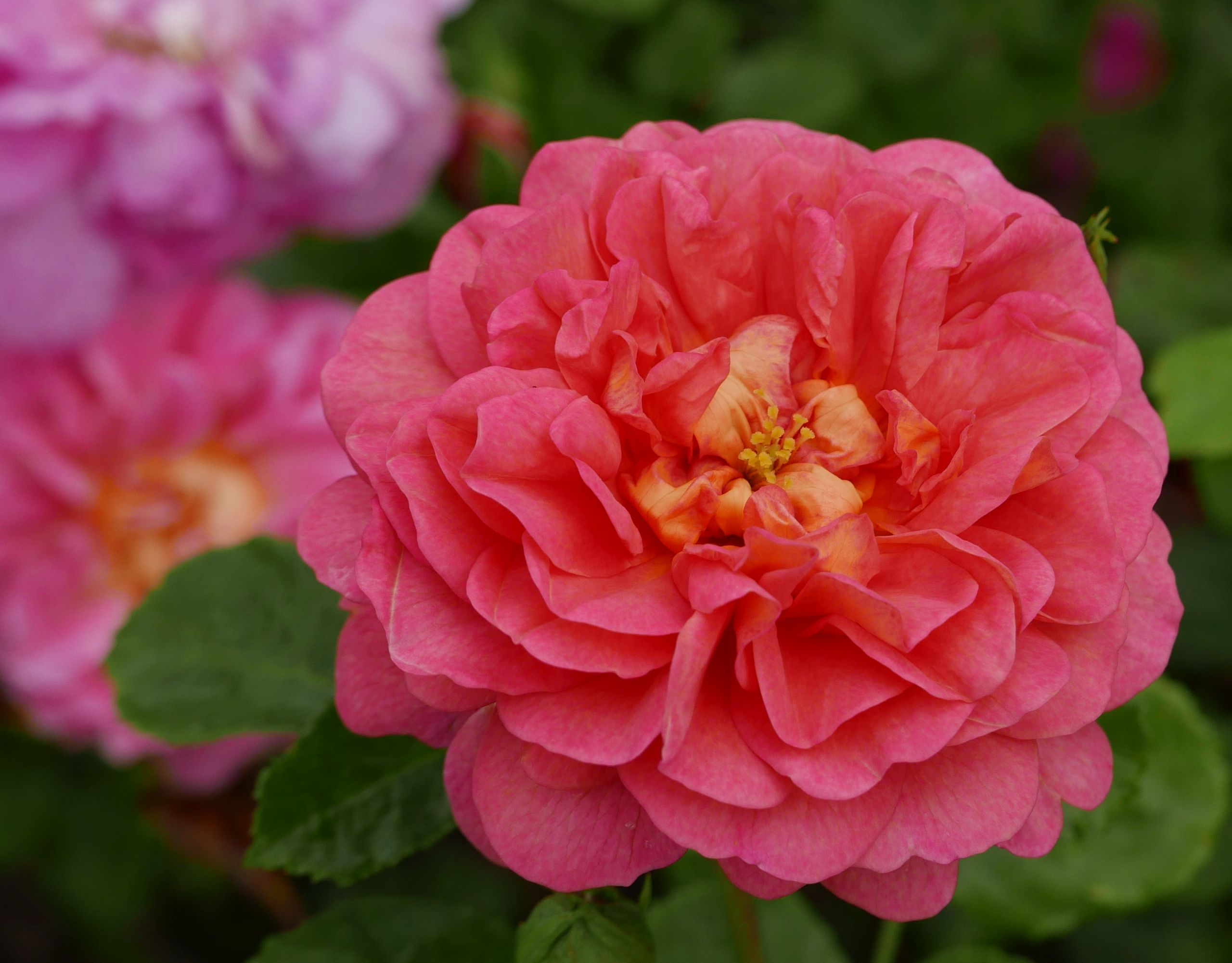
‘Christopher Marlowe’, Austin, 1993
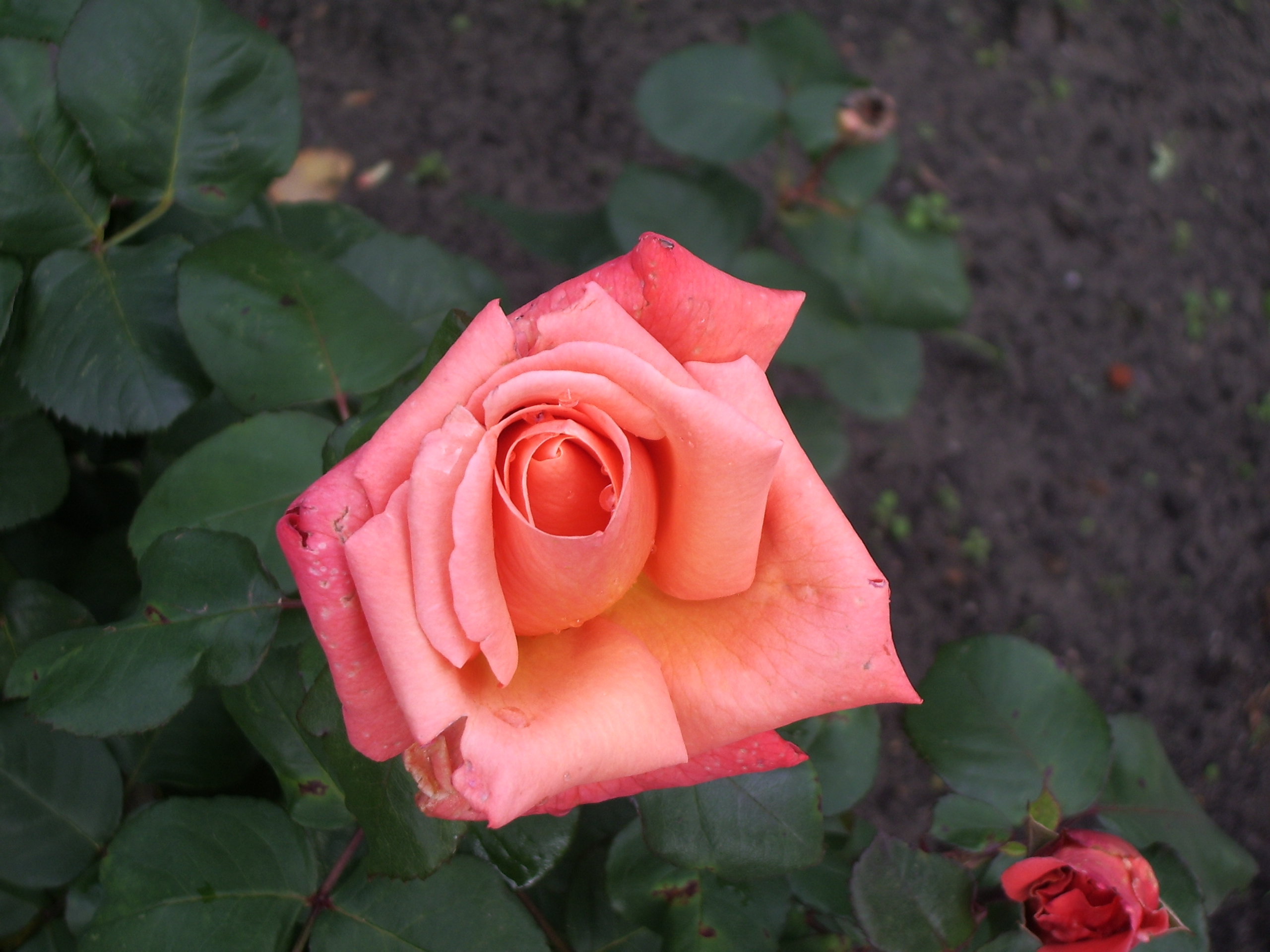
‘Christoph Kolumbus’, Meilland, 1992
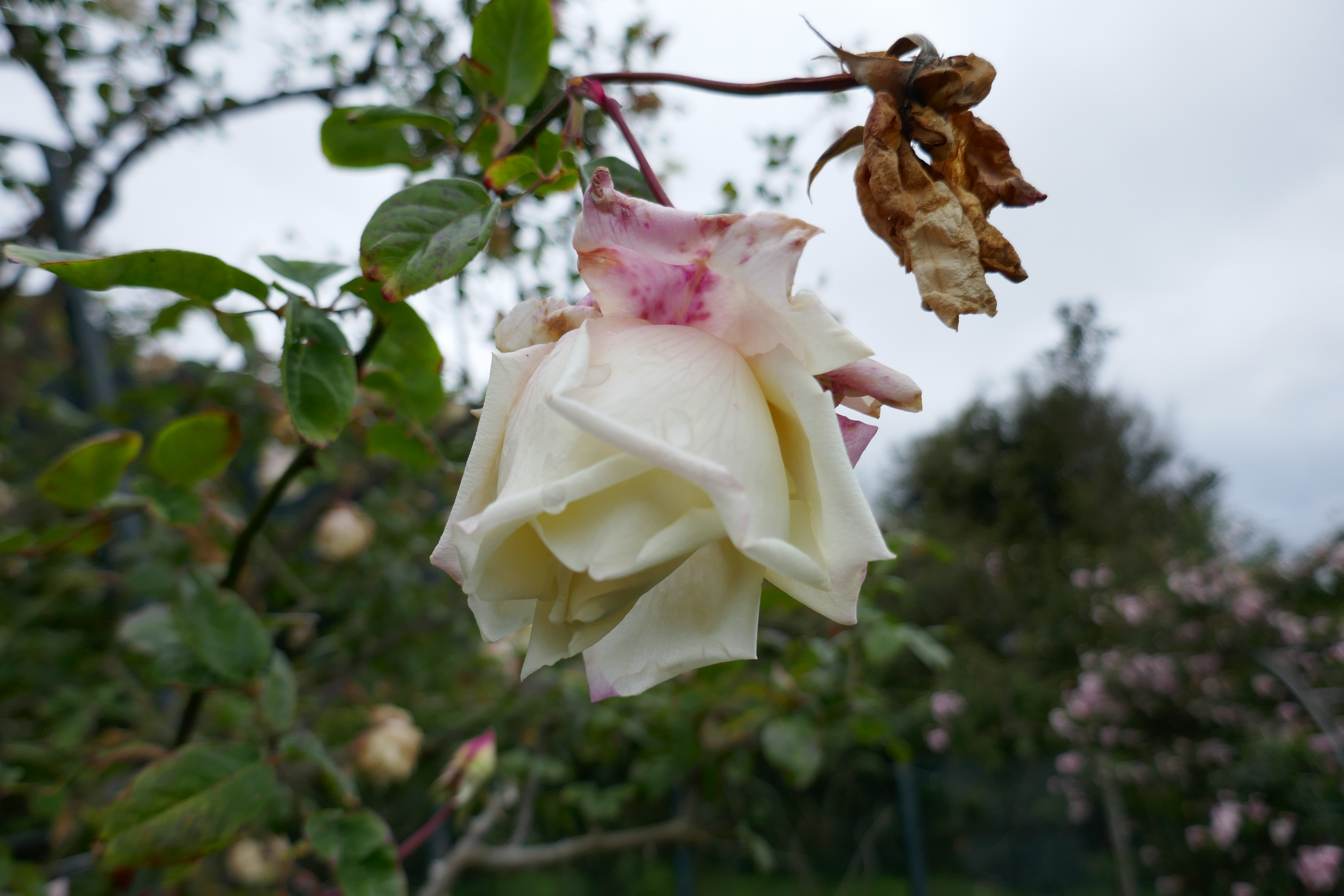
‘Chromatella’, Coquereau, 1841
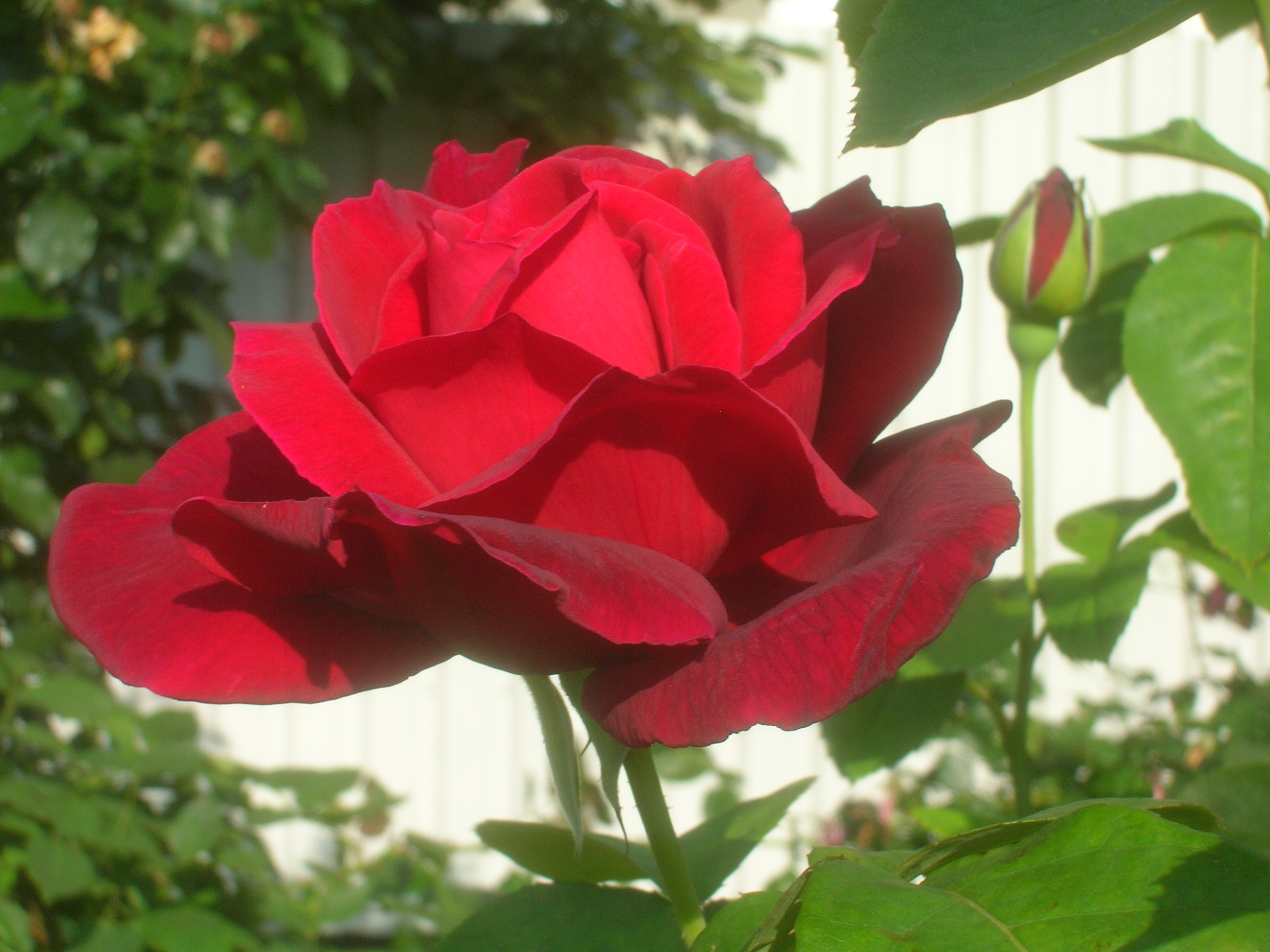
‘Chrysler Imperial’, Lammerts, 1952
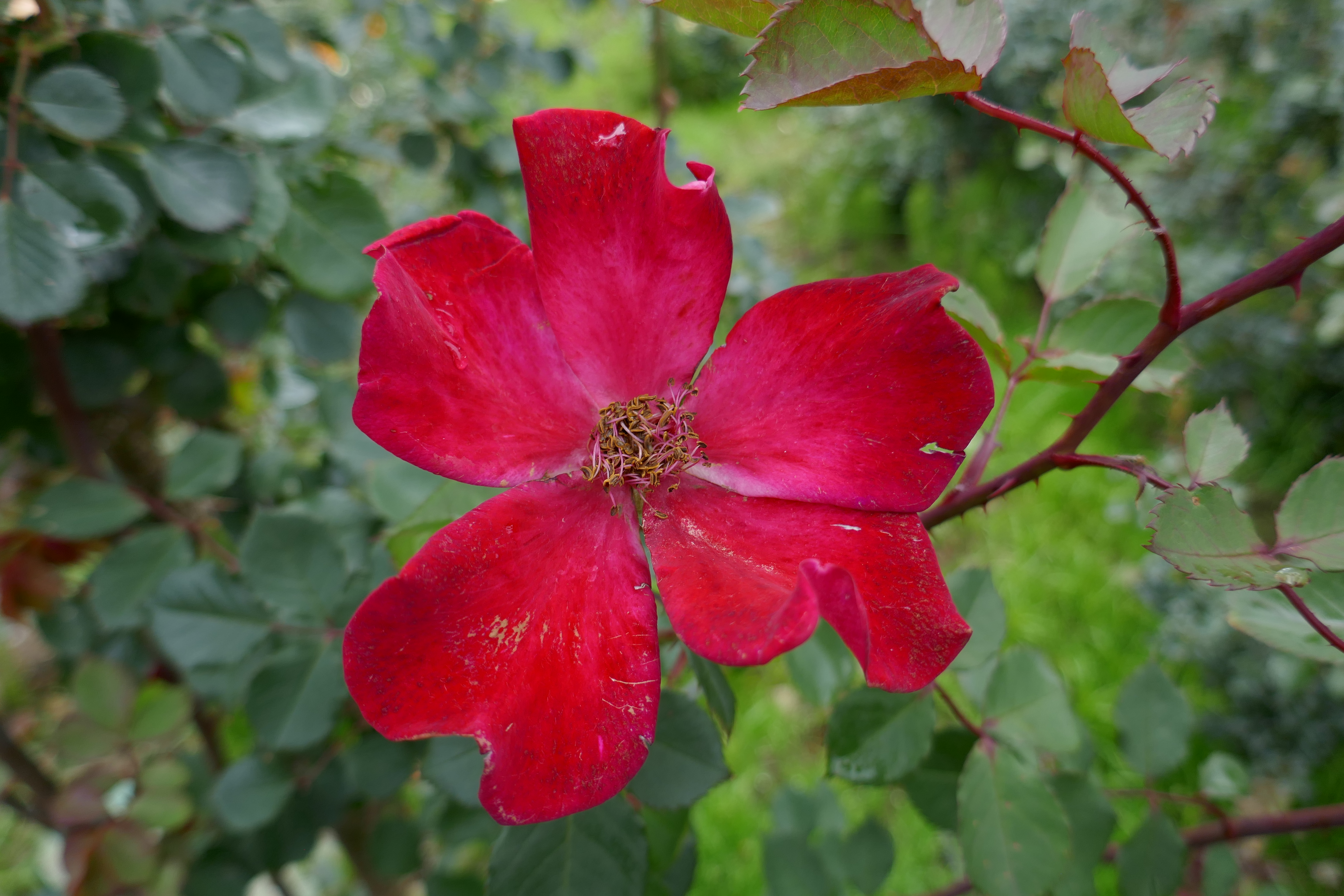
‘Ciak’, Barni, 1994
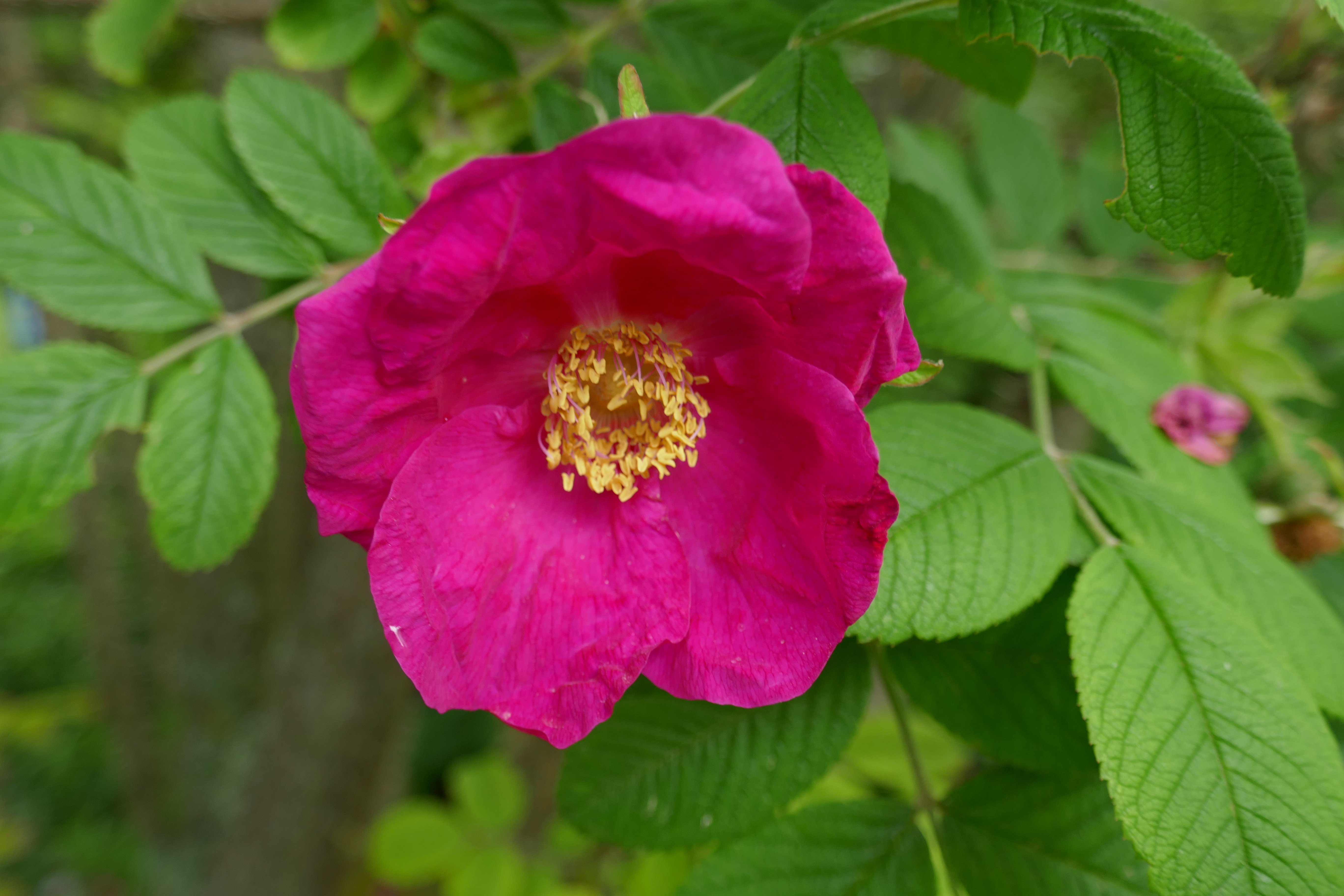
‘Cibles’, Kaufmann, 1893
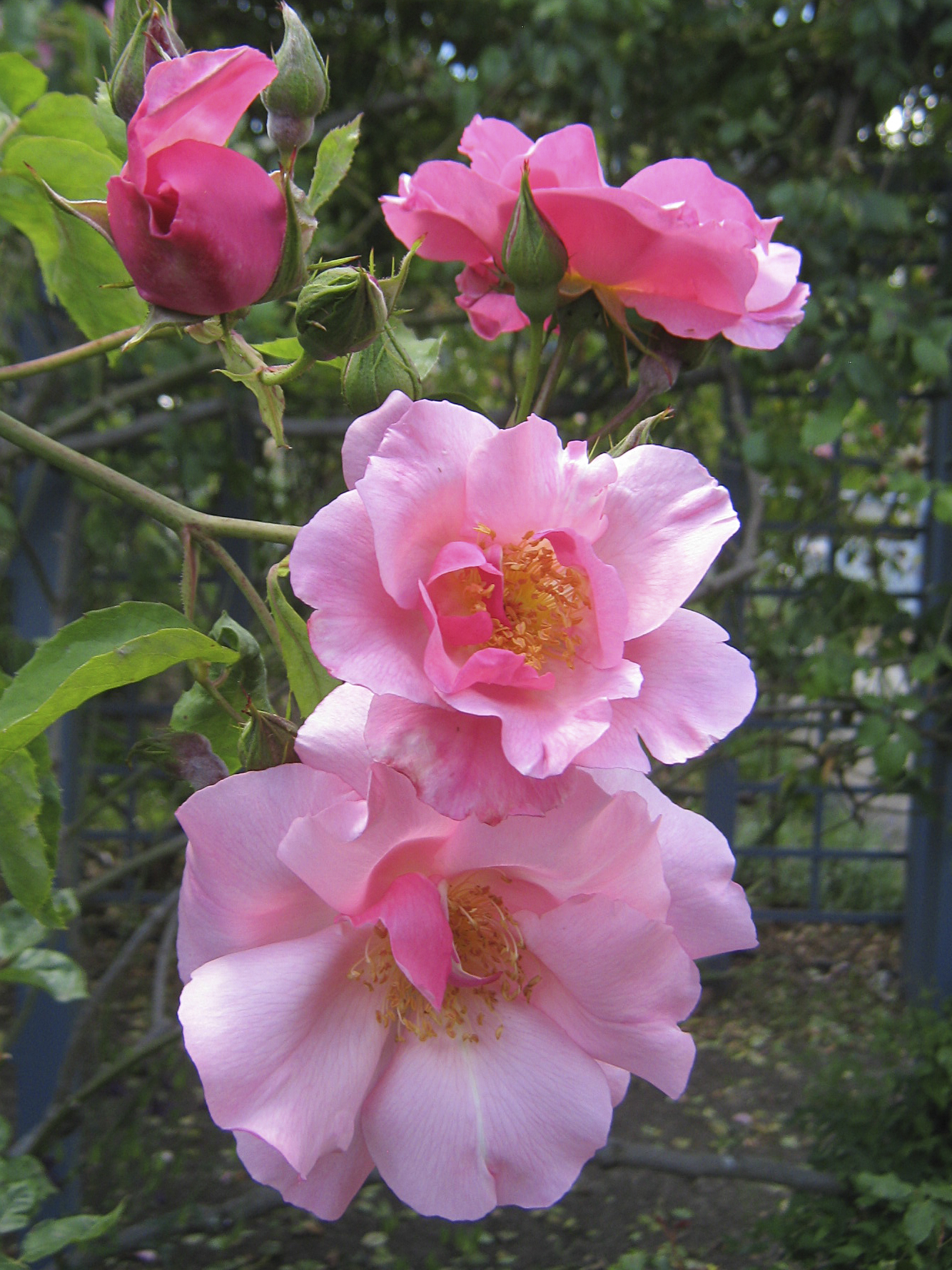
‘Ciceley Lascelles’, Alister Clark, 1932
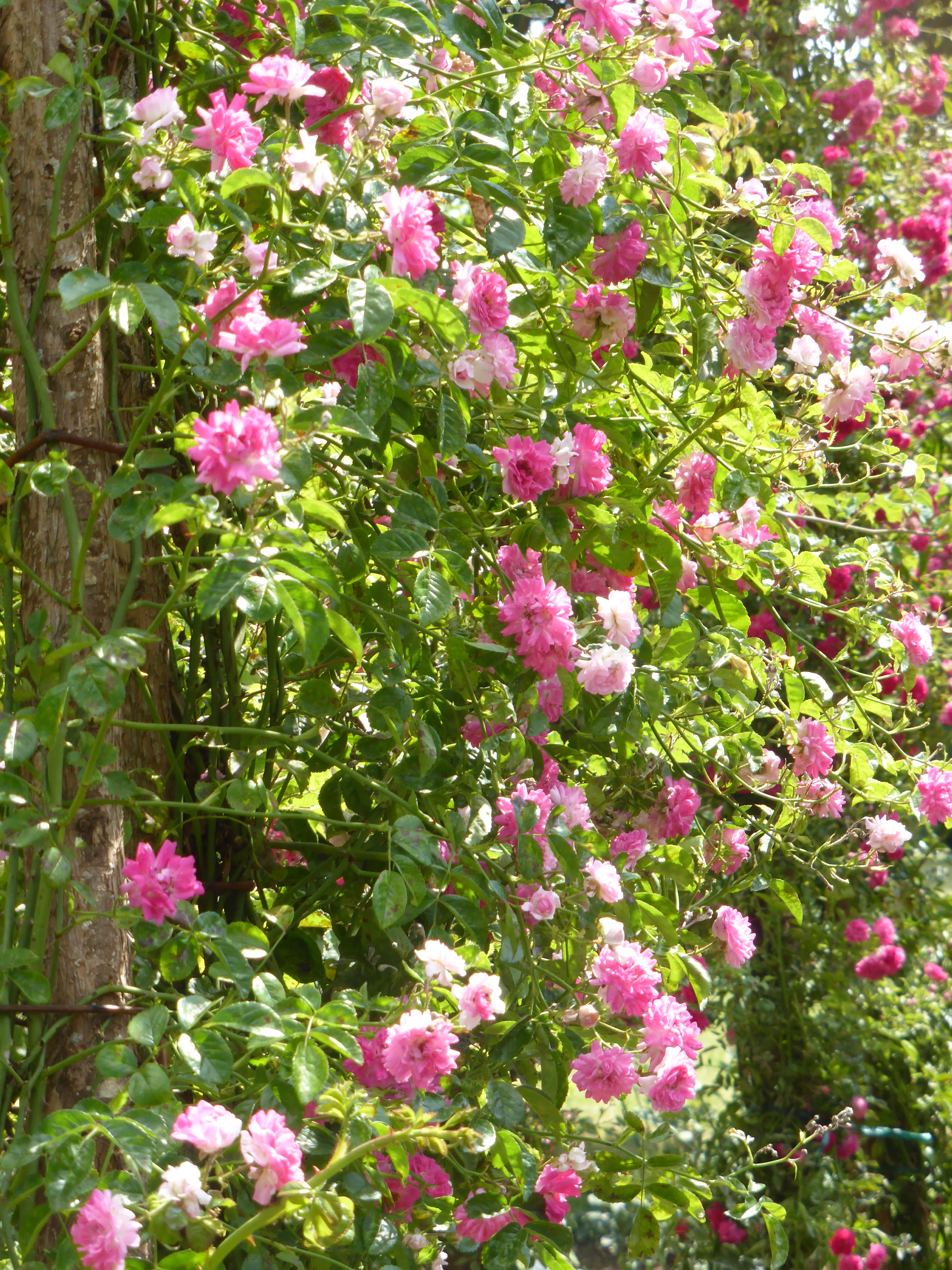
‘Cinderella’, Walsh, 1909
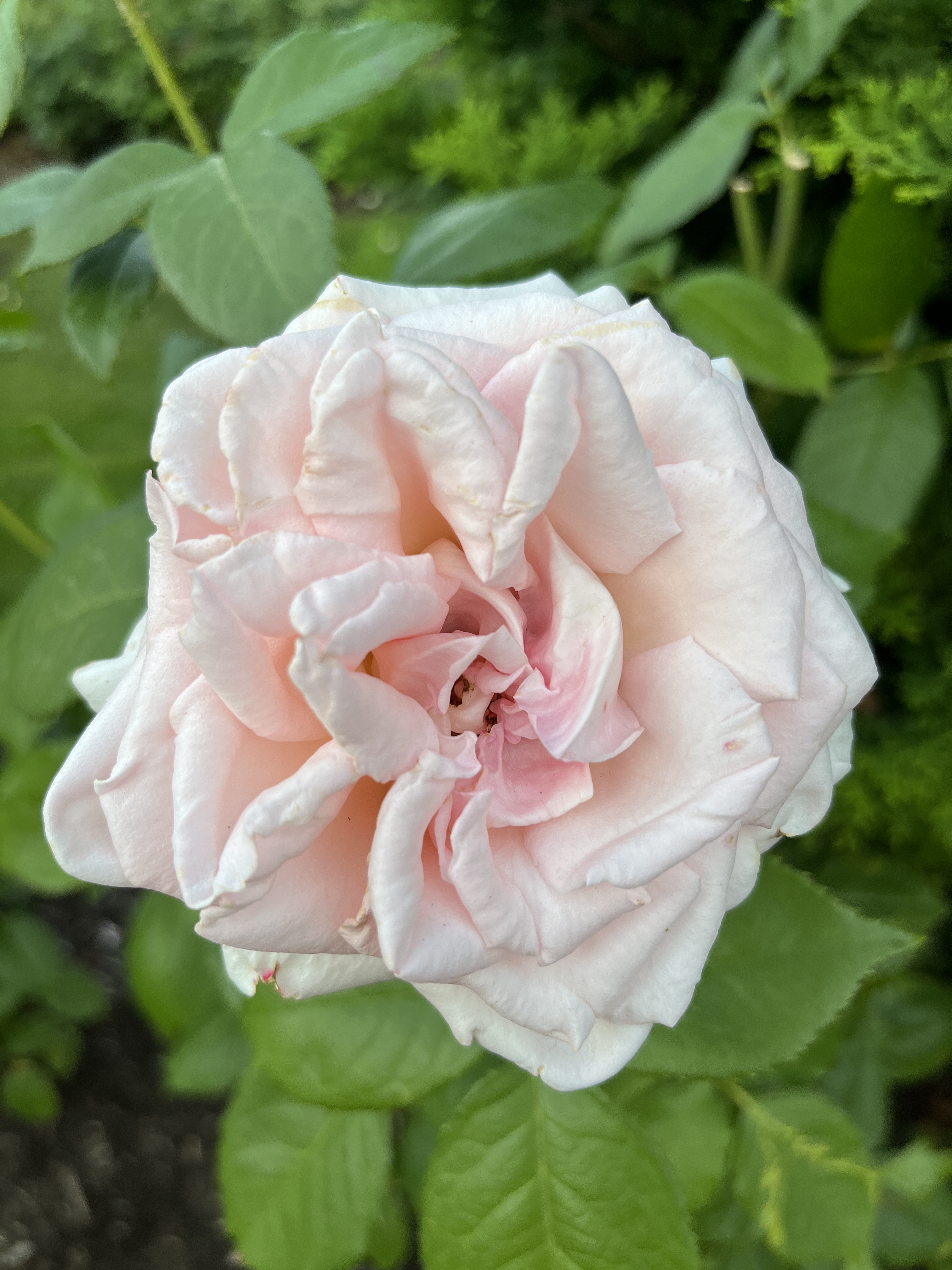
‘Cinderella’, Tee-Hybride, ?
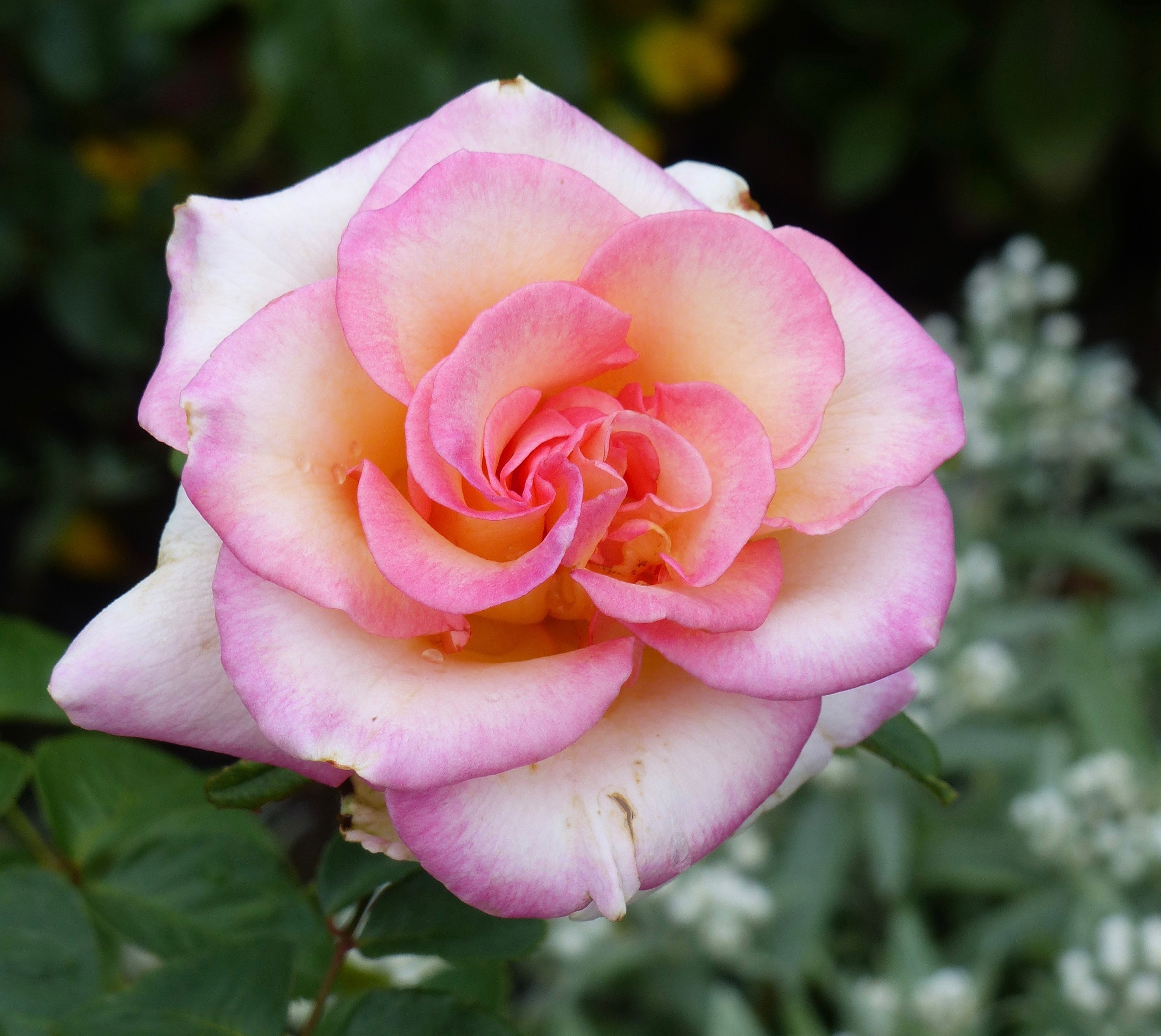
‘Cindy’, Harkness, 1997
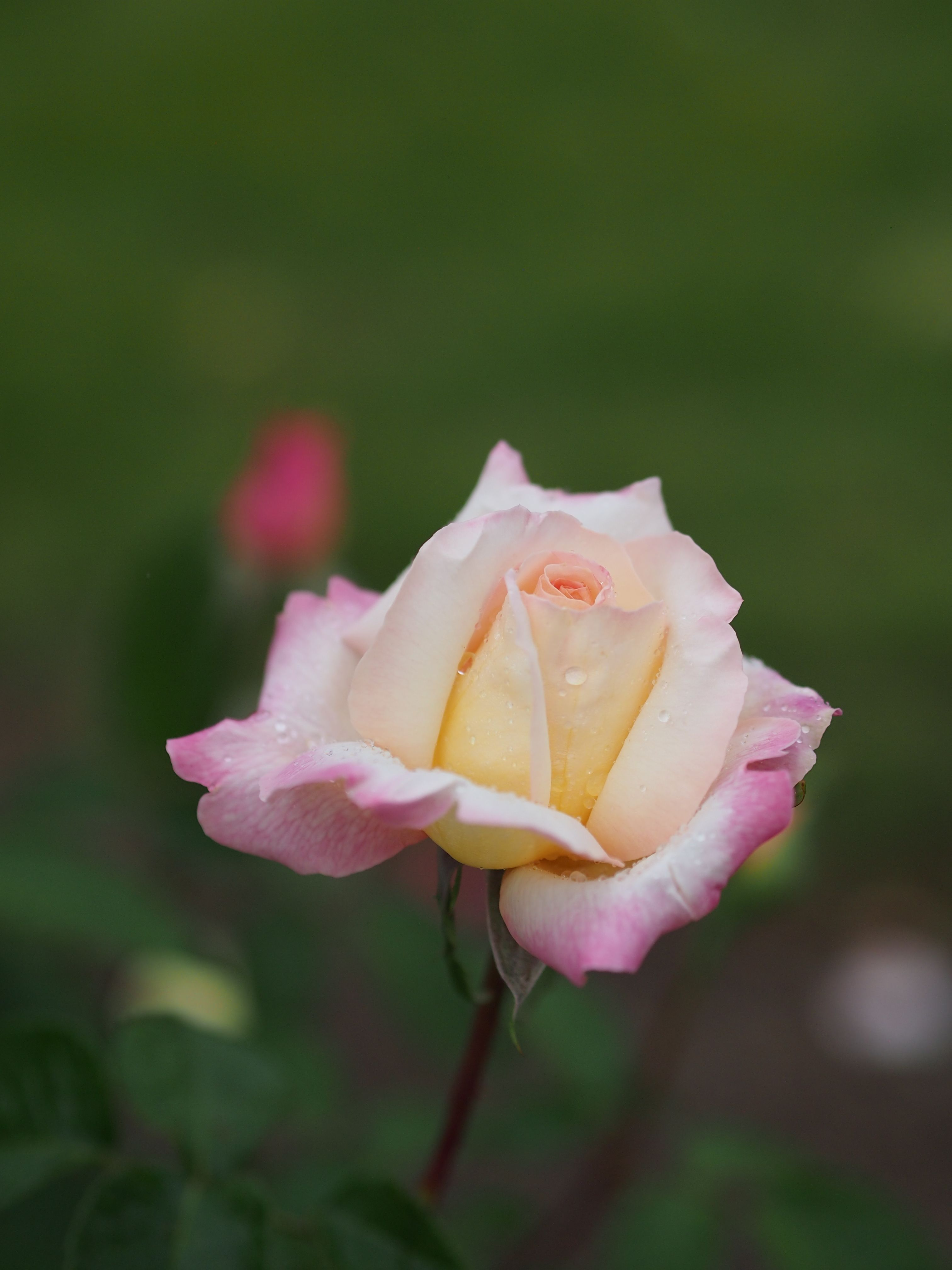
‘Cingallegra’, Febo Giuseppe Cazzaniga, vor 1957 (?)
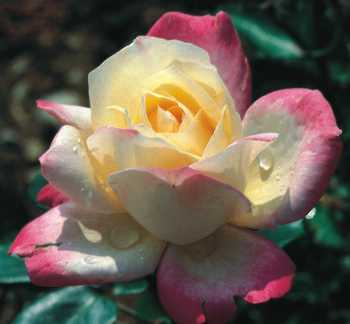
‘Circus Knie’, Huber, 1975
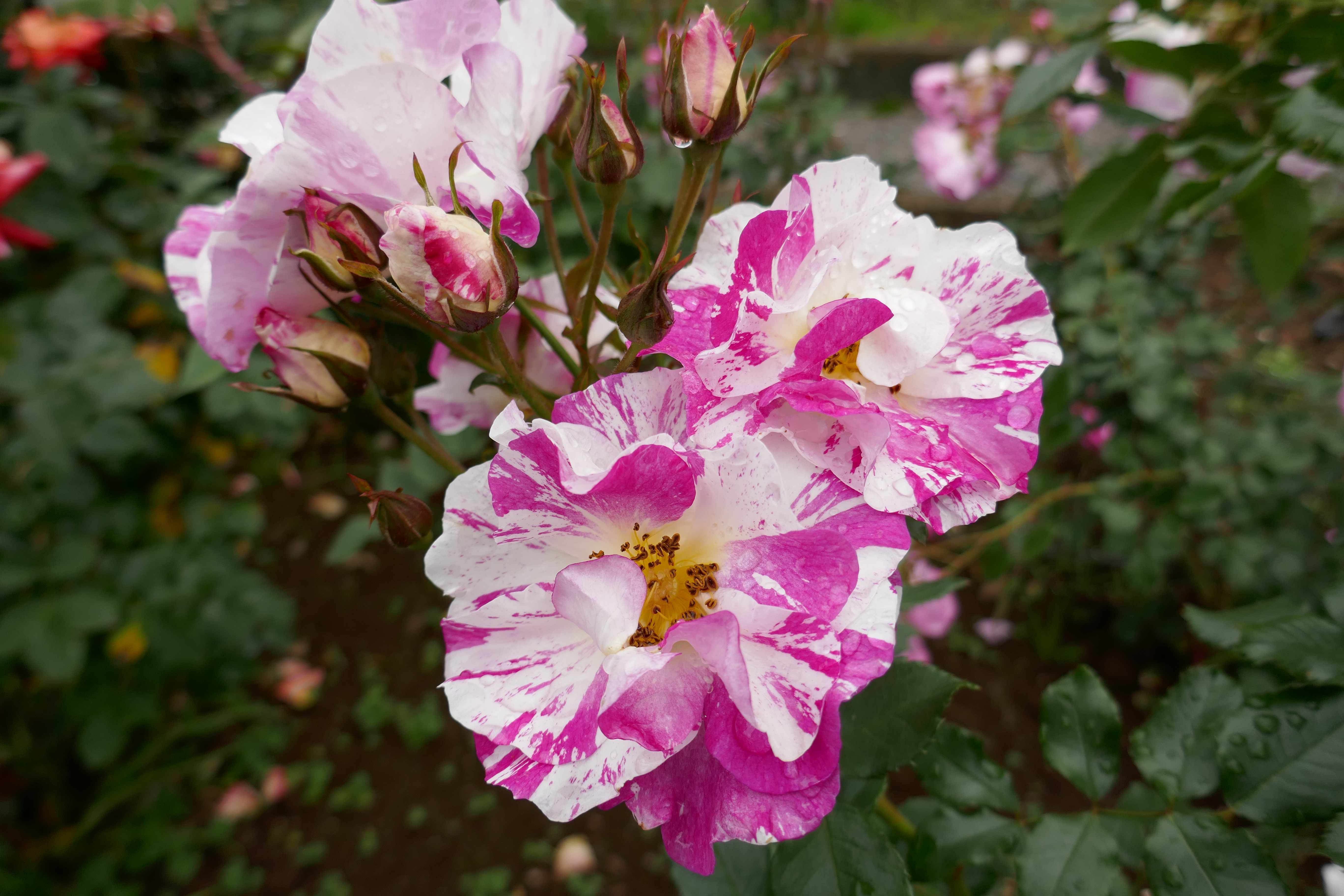
‘Citron-Fraise’, Delbard, 1998
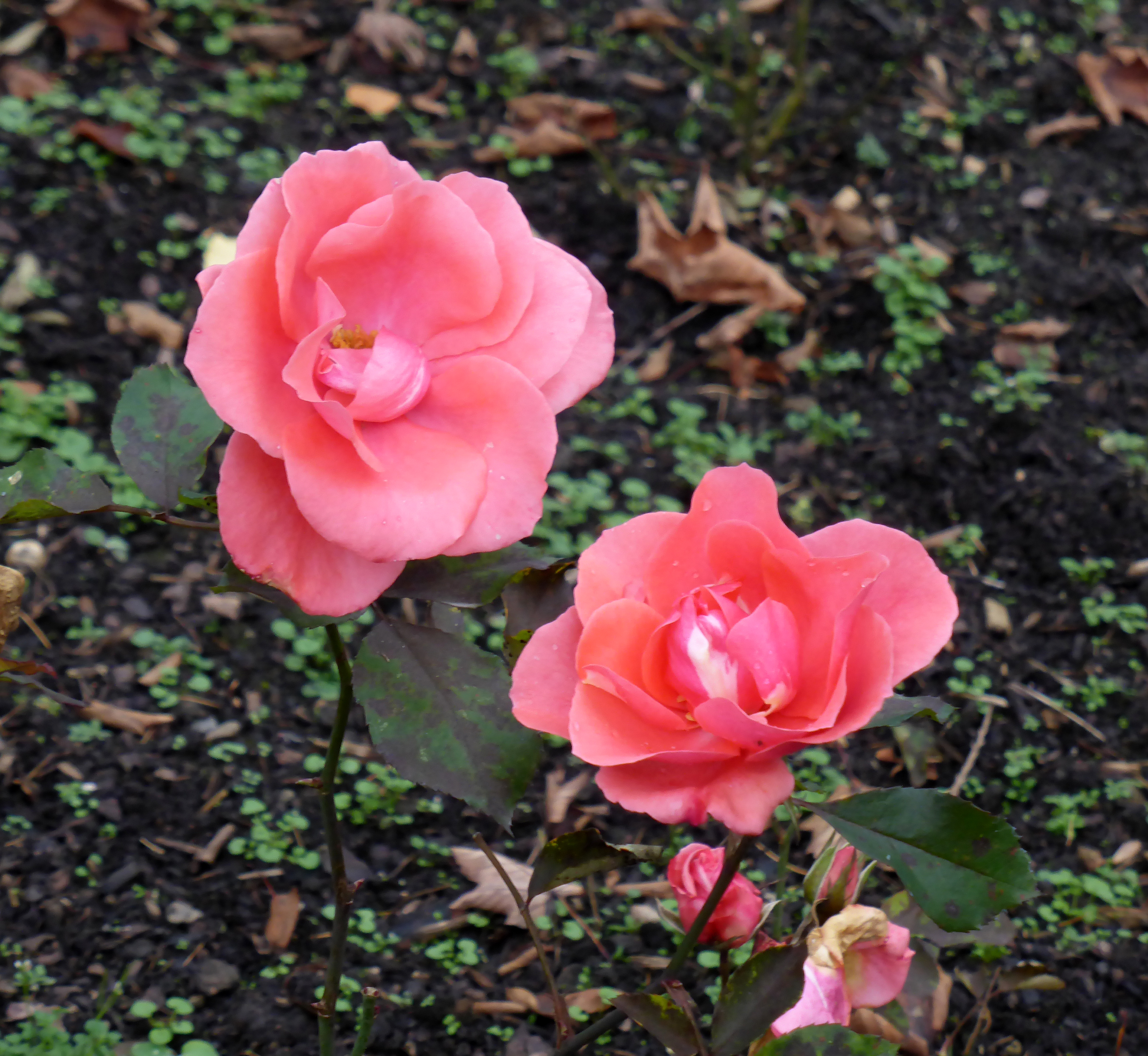
‘City of Leeds’, McGredy, 1962
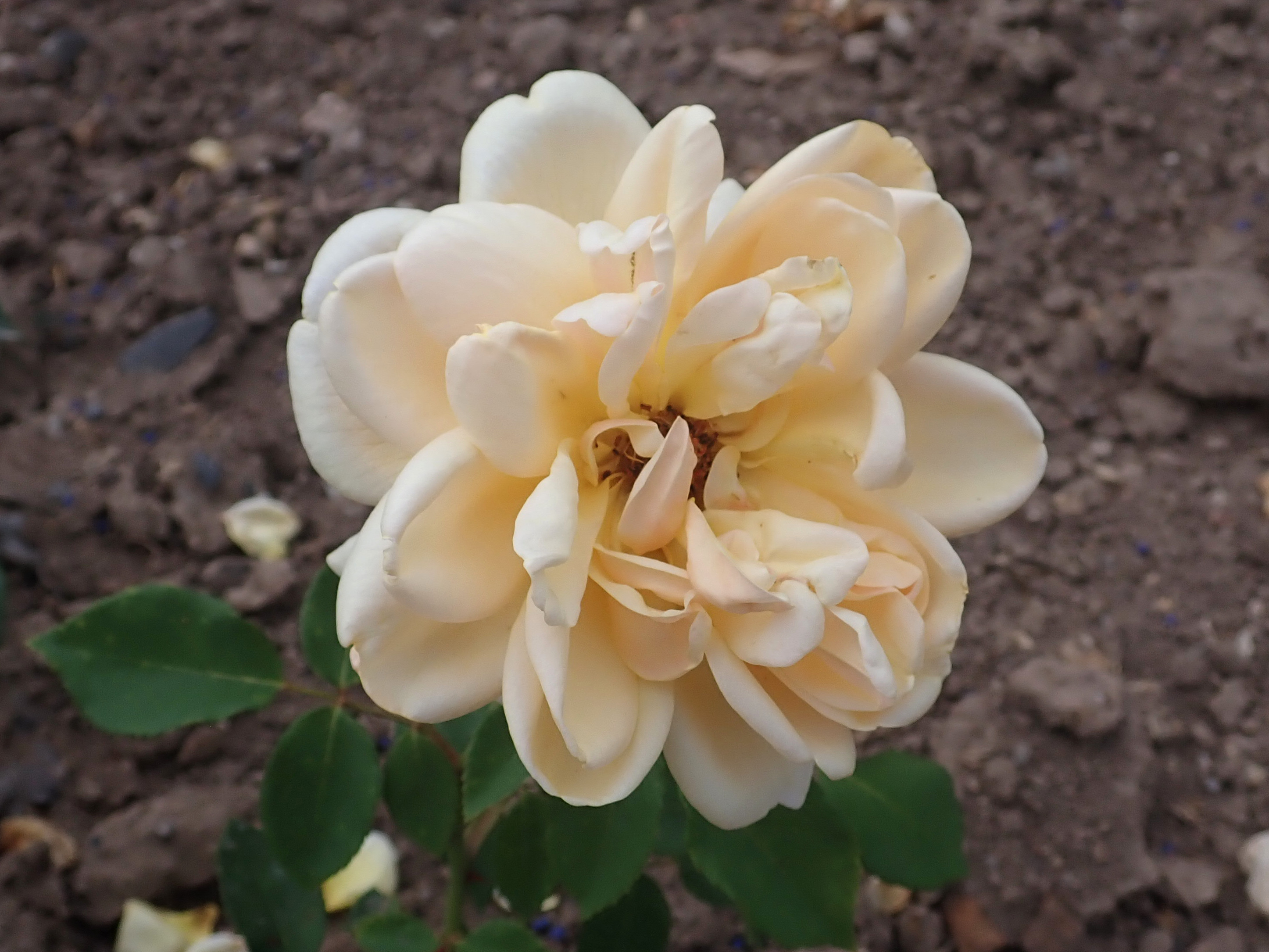
‘Claire Desmet’, Emmanuel-Denis Buatois, 1932
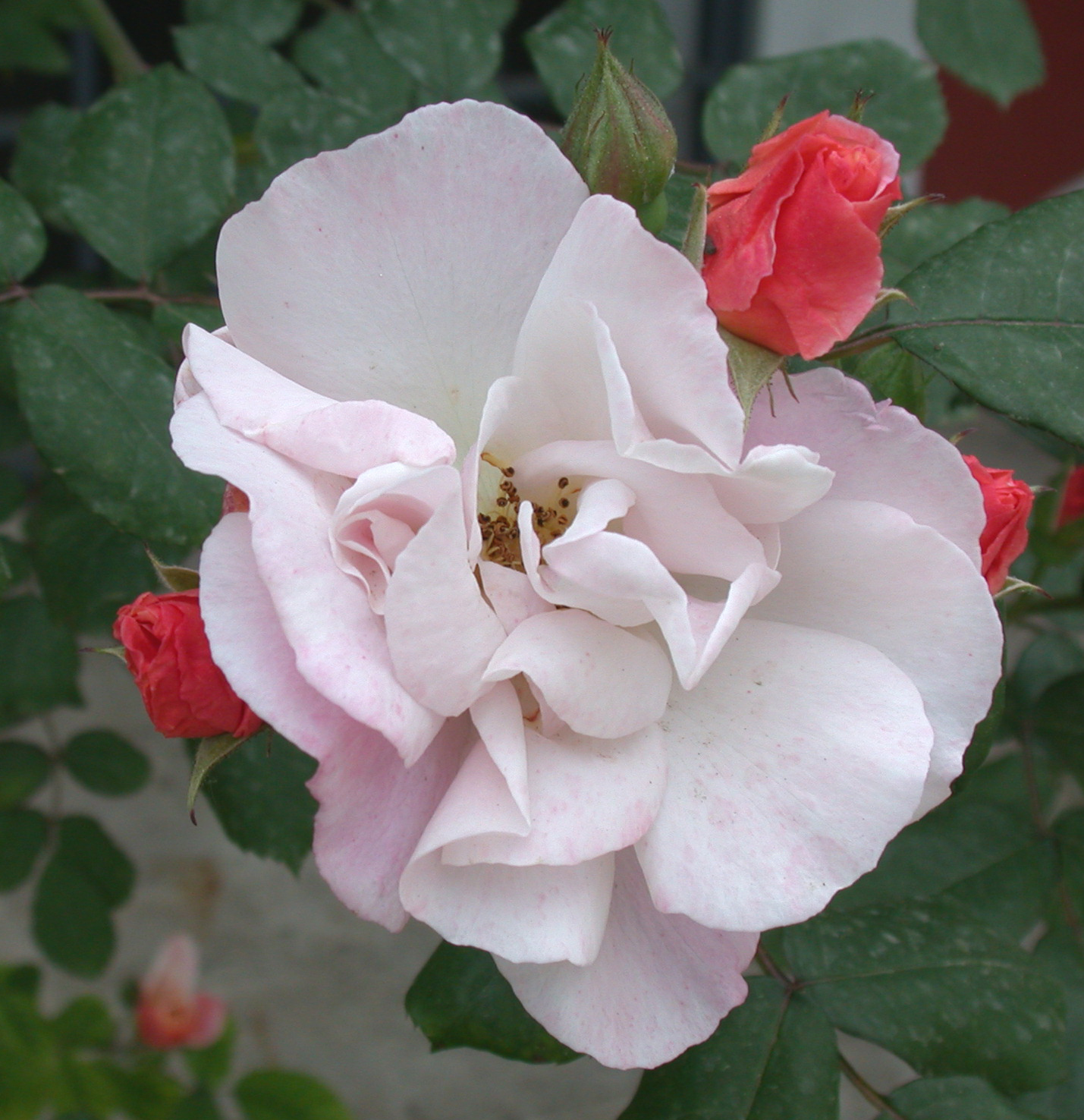
‘Clair Matin’, Meilland, 1960
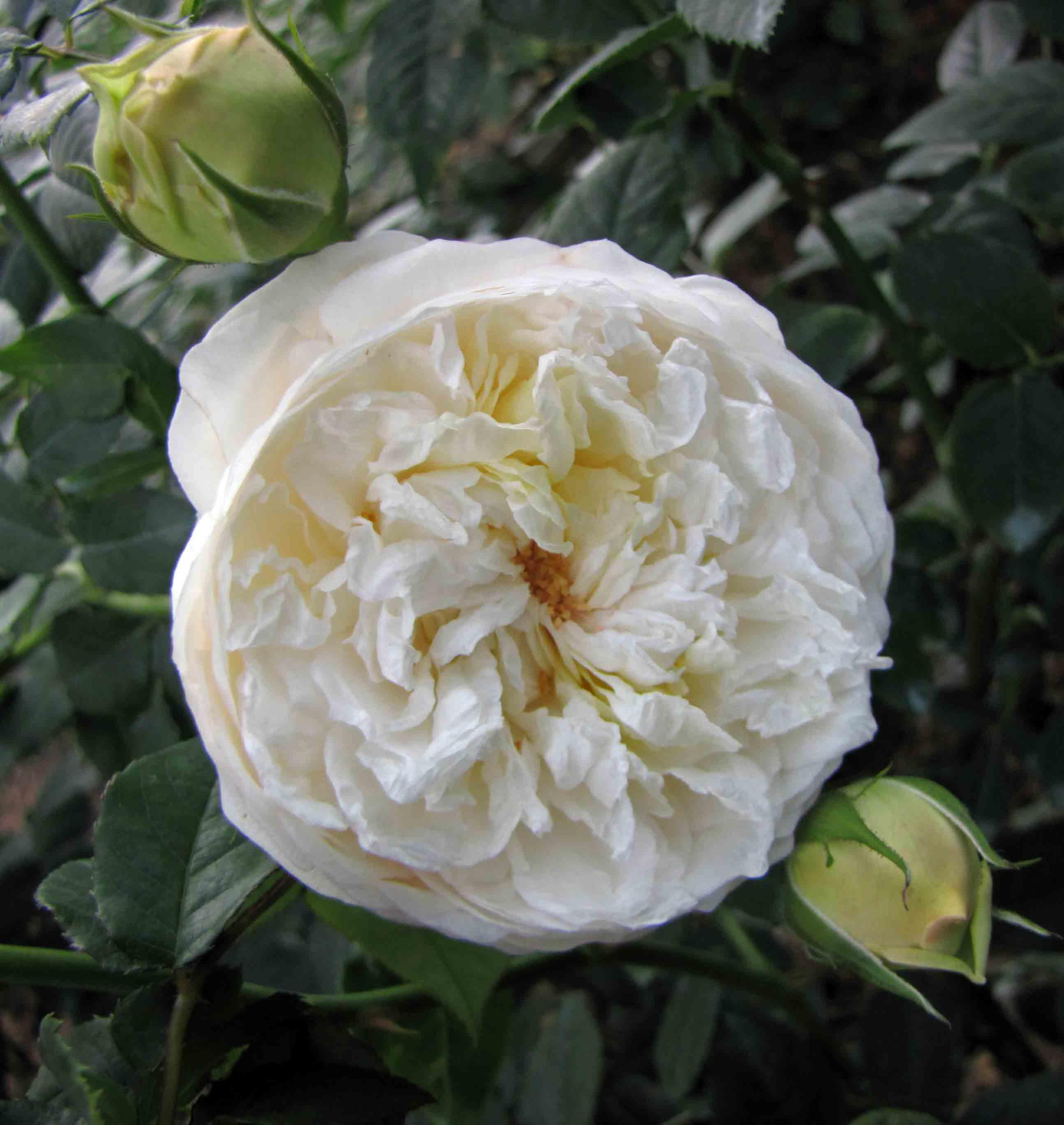
‘Claire Austin’, David Austin, vor 2007
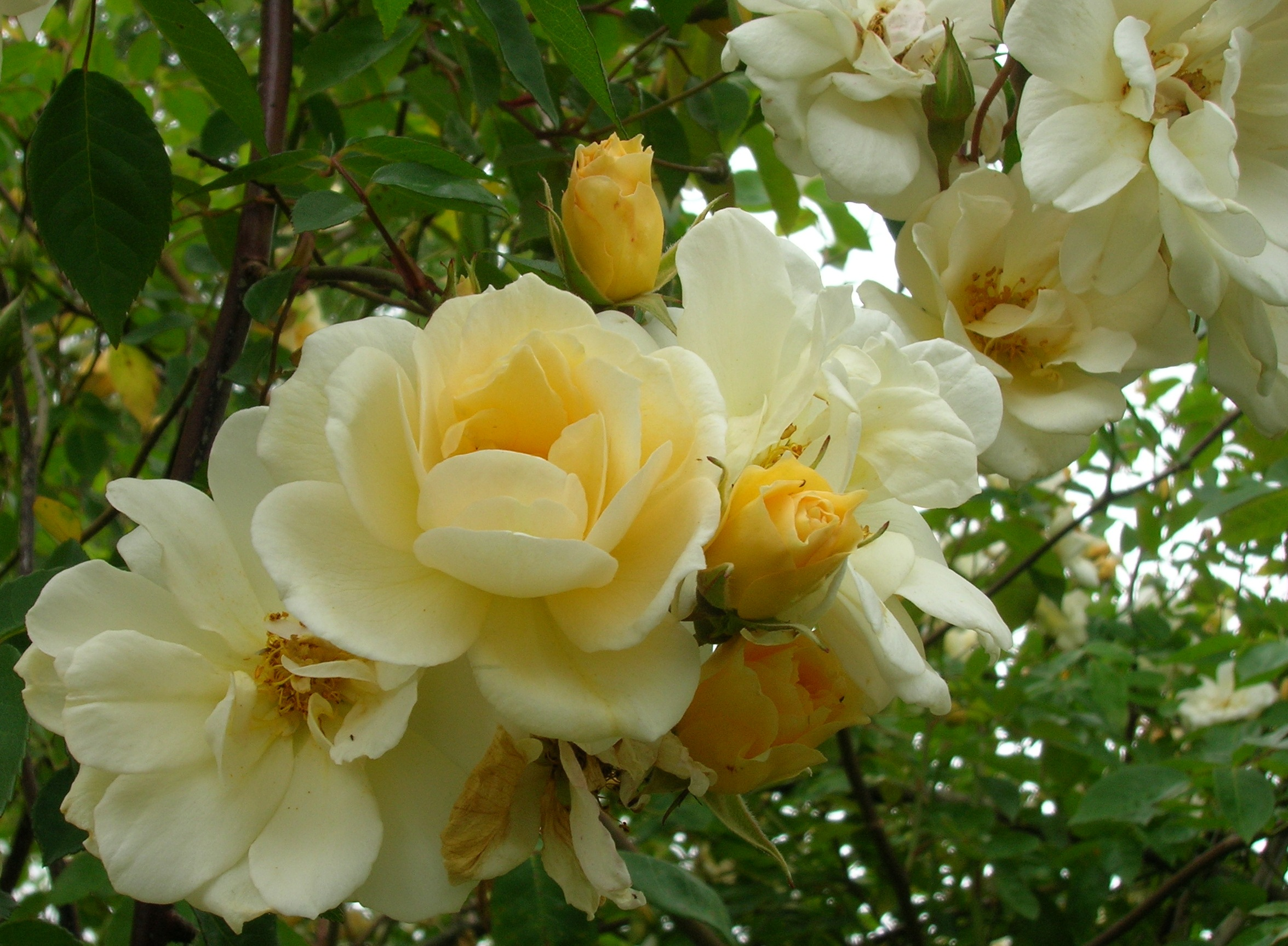
‘Claire Jacquier’, Alexandre Bernaix, 1887
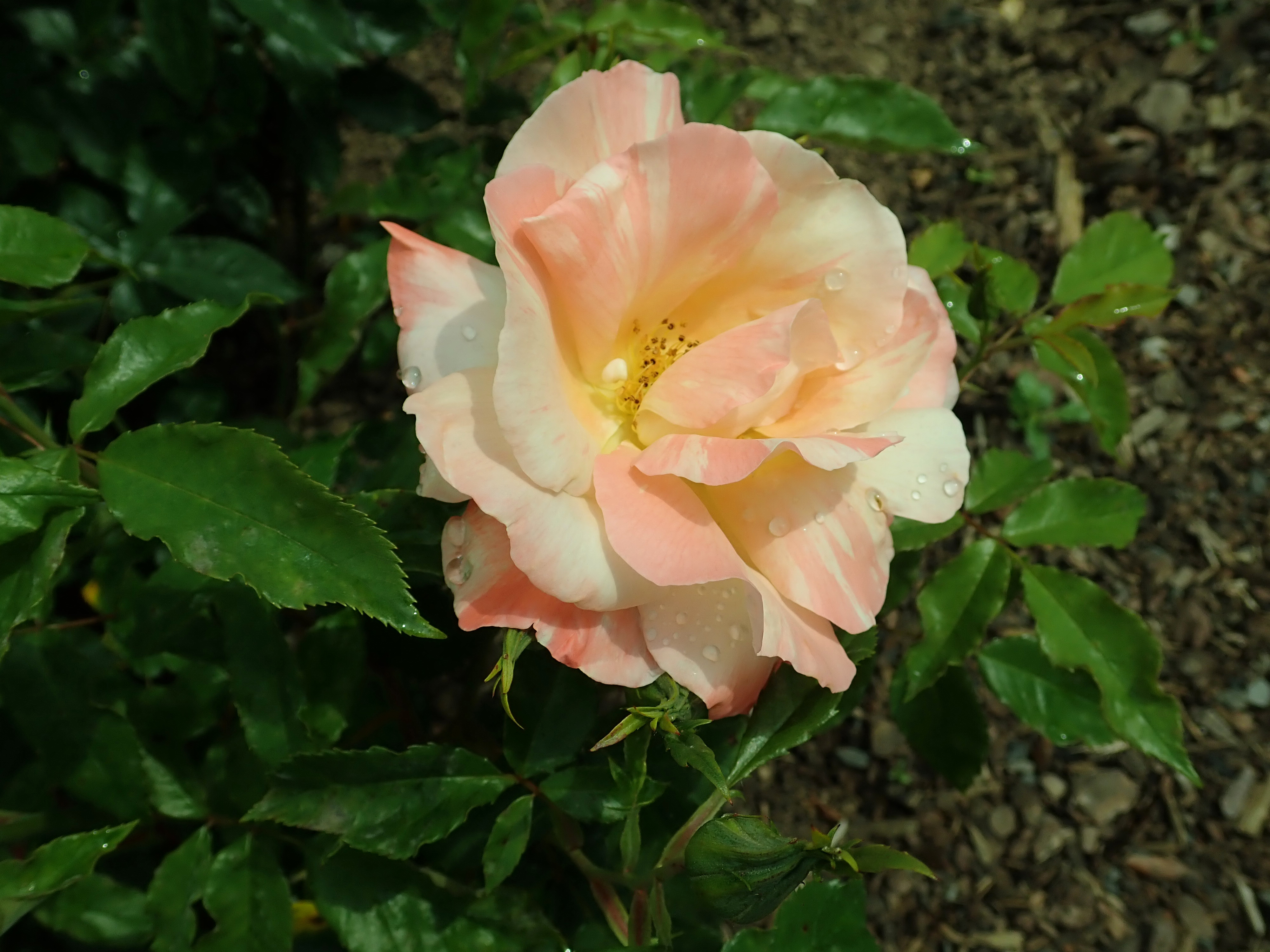
‘Clara Schumann’, Heinz Roy, 2001
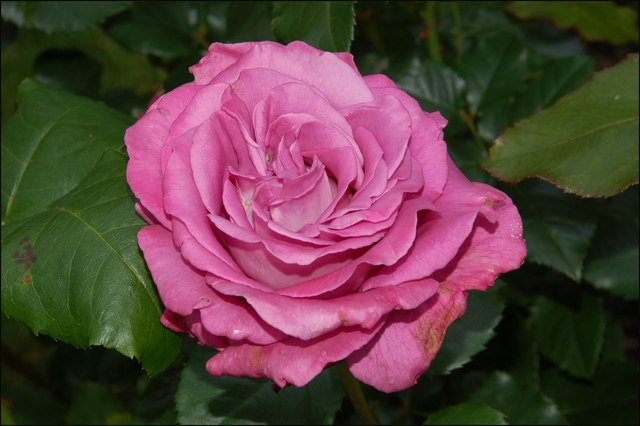
‘Claude Brasseur’, Meilland, 2006
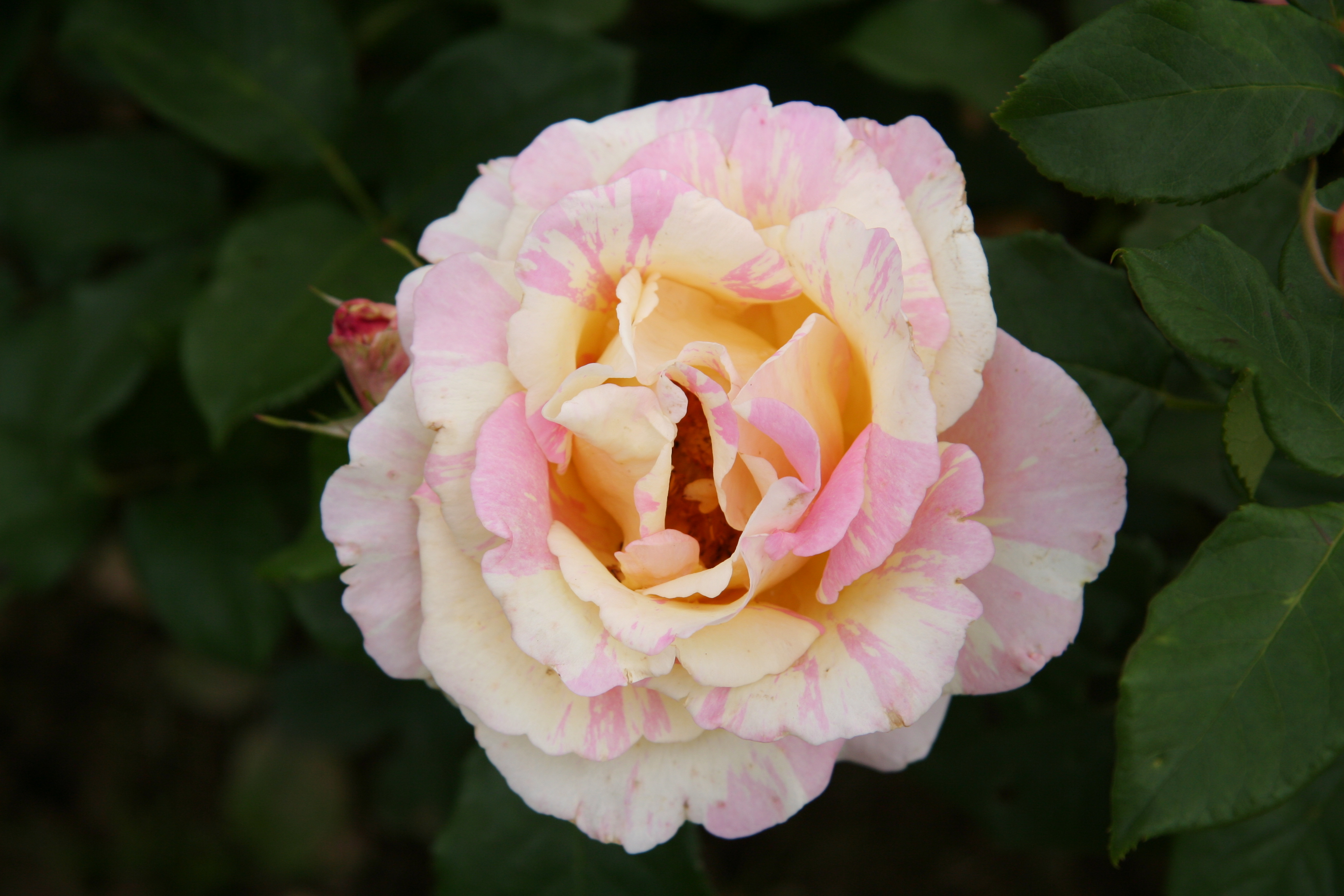
‘Claude Monet’, Delbard, 1992
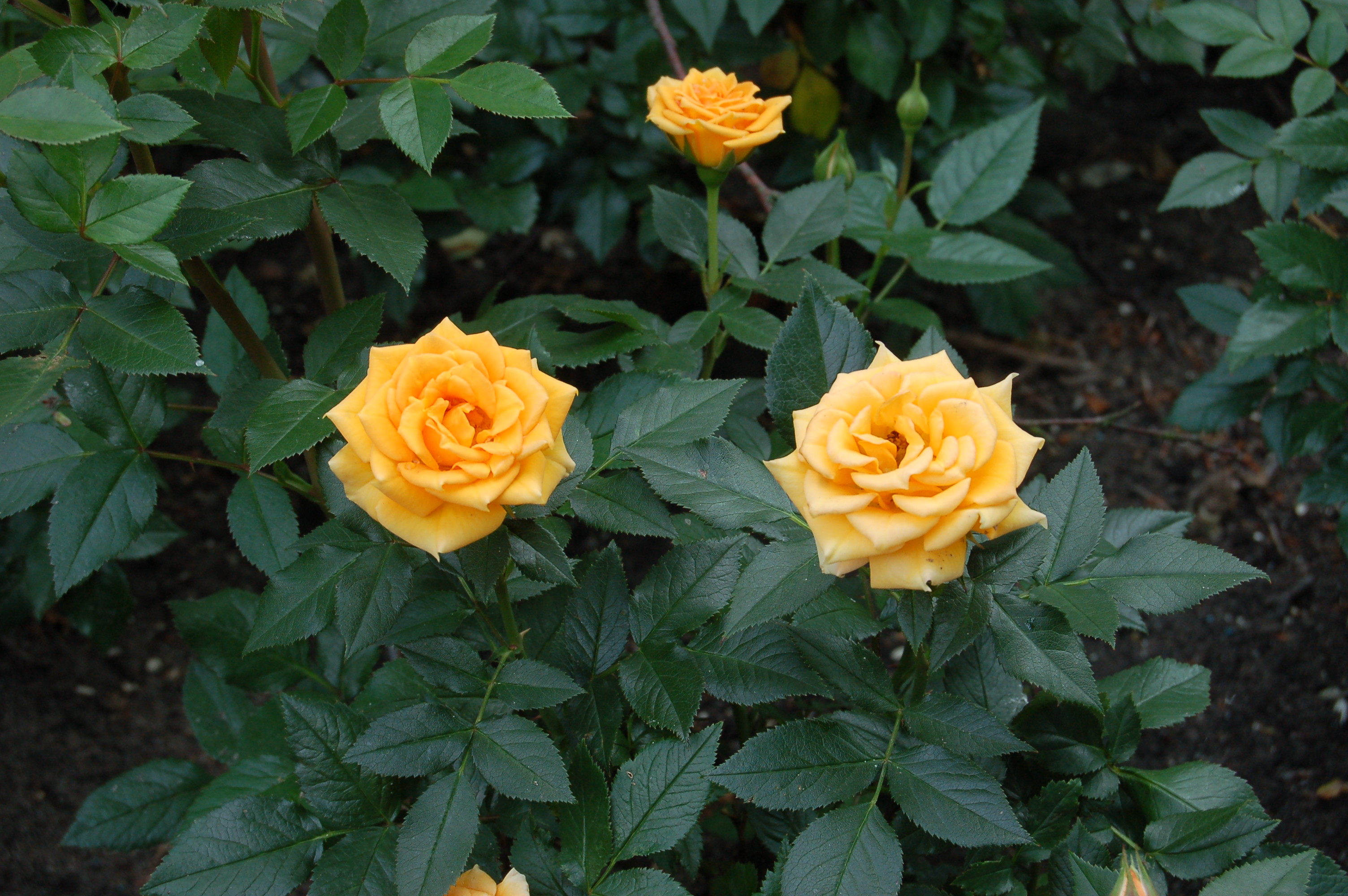
‘Clementine’, Tantau, 1997
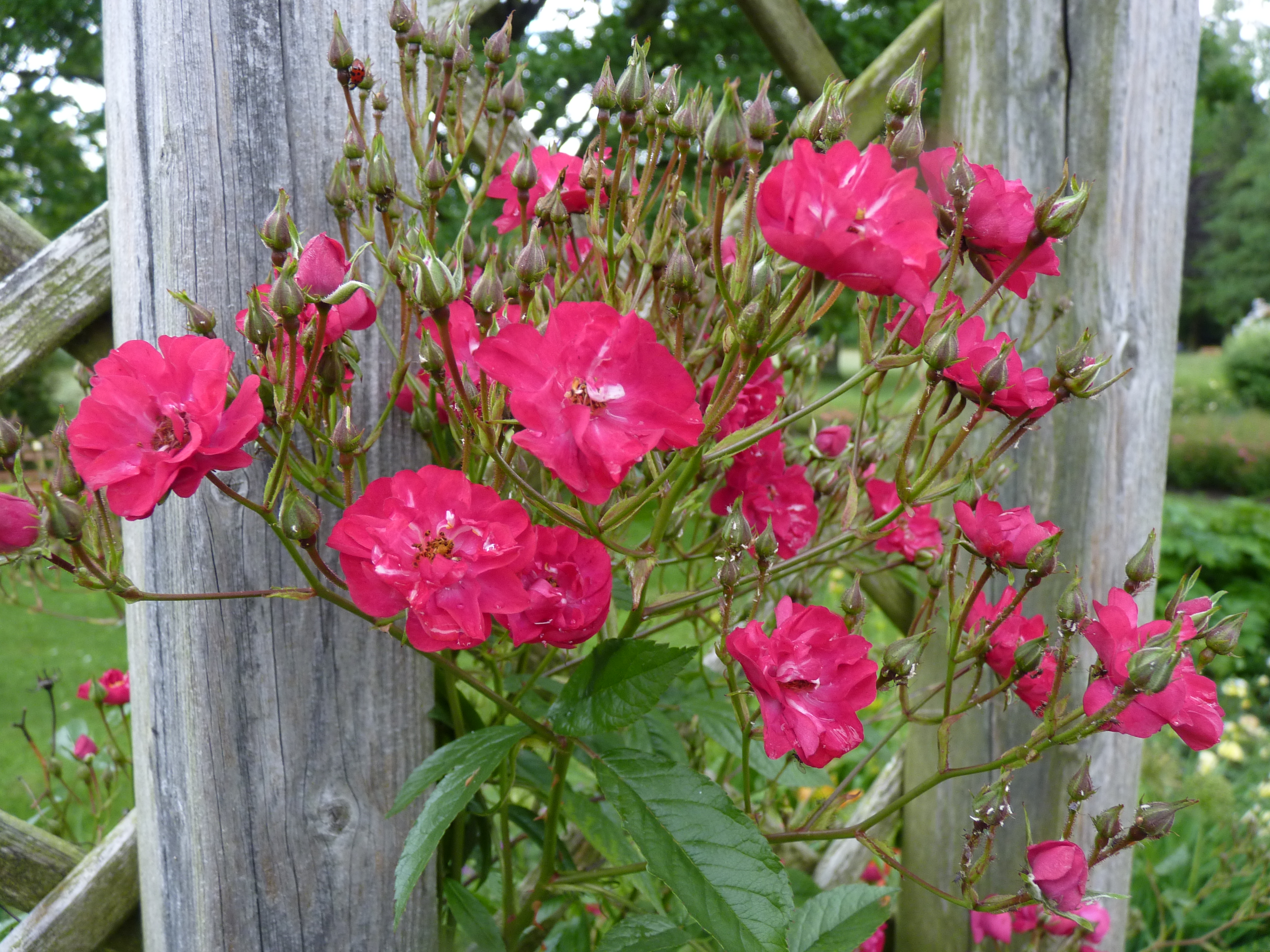
‘Climbing Alberich’, Gordon, 2000
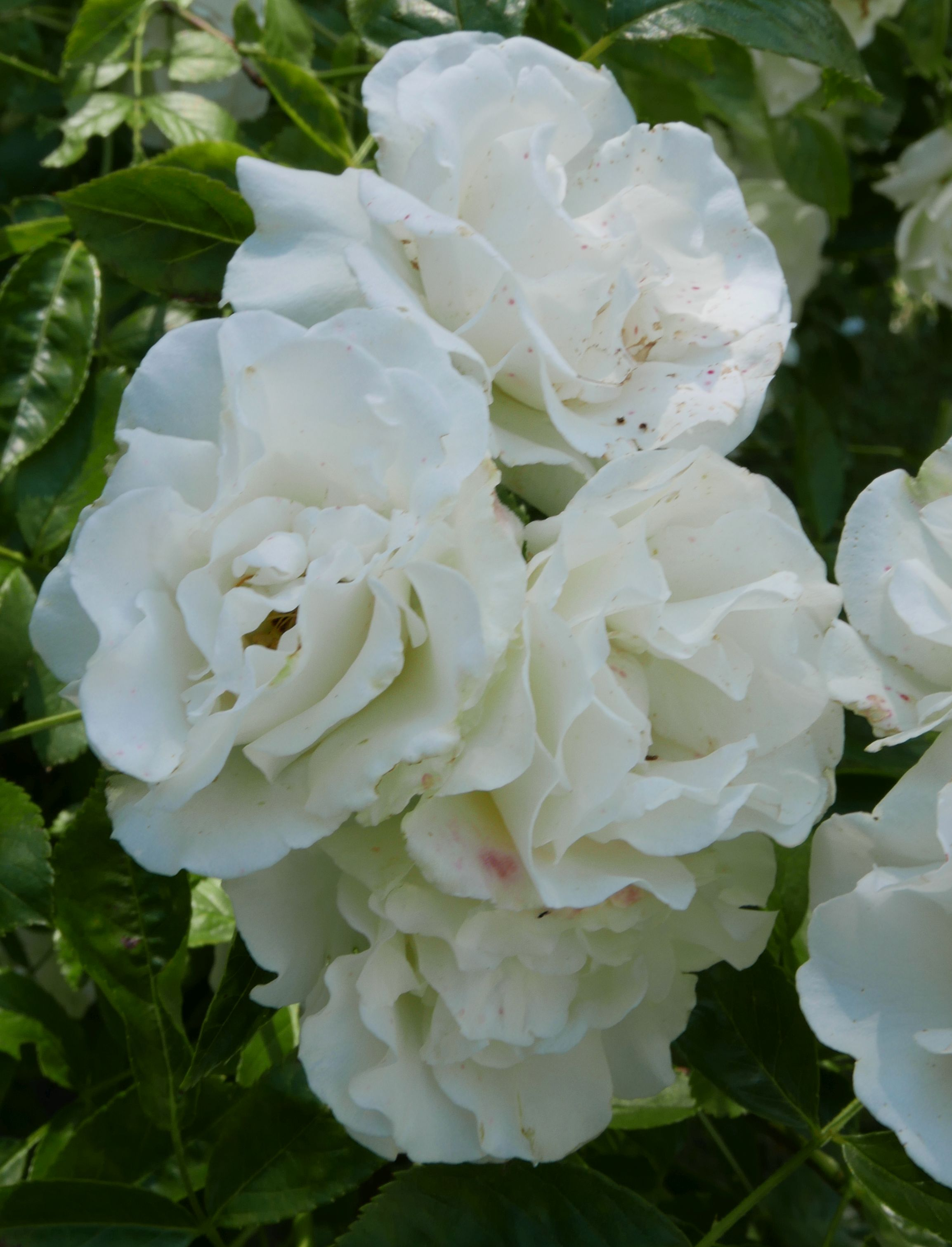
‘Climbing Eva Teschendorff’, Verschuren & Zonen, 1926
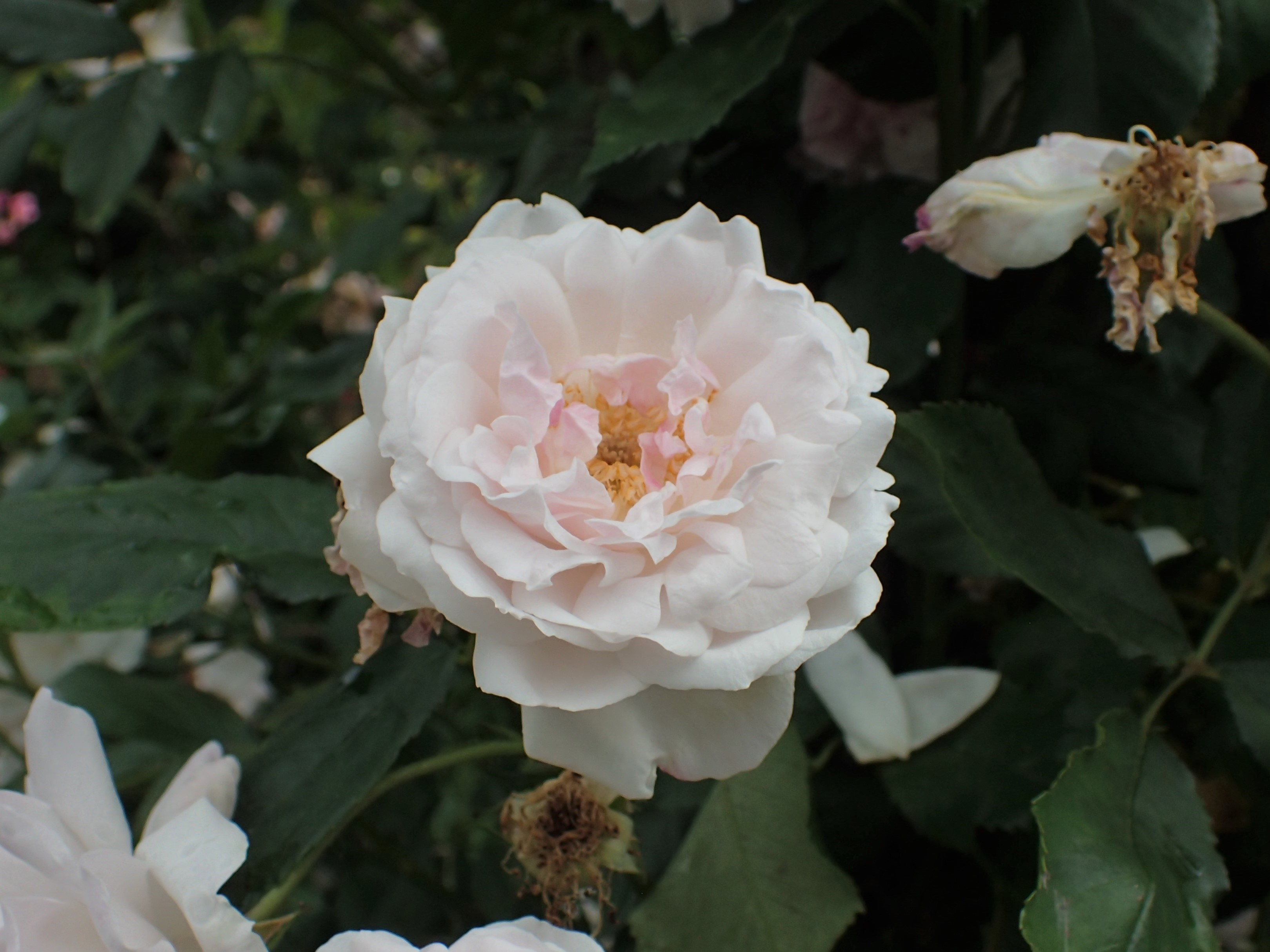
‘Climbing Pale Pink’, unbekannt
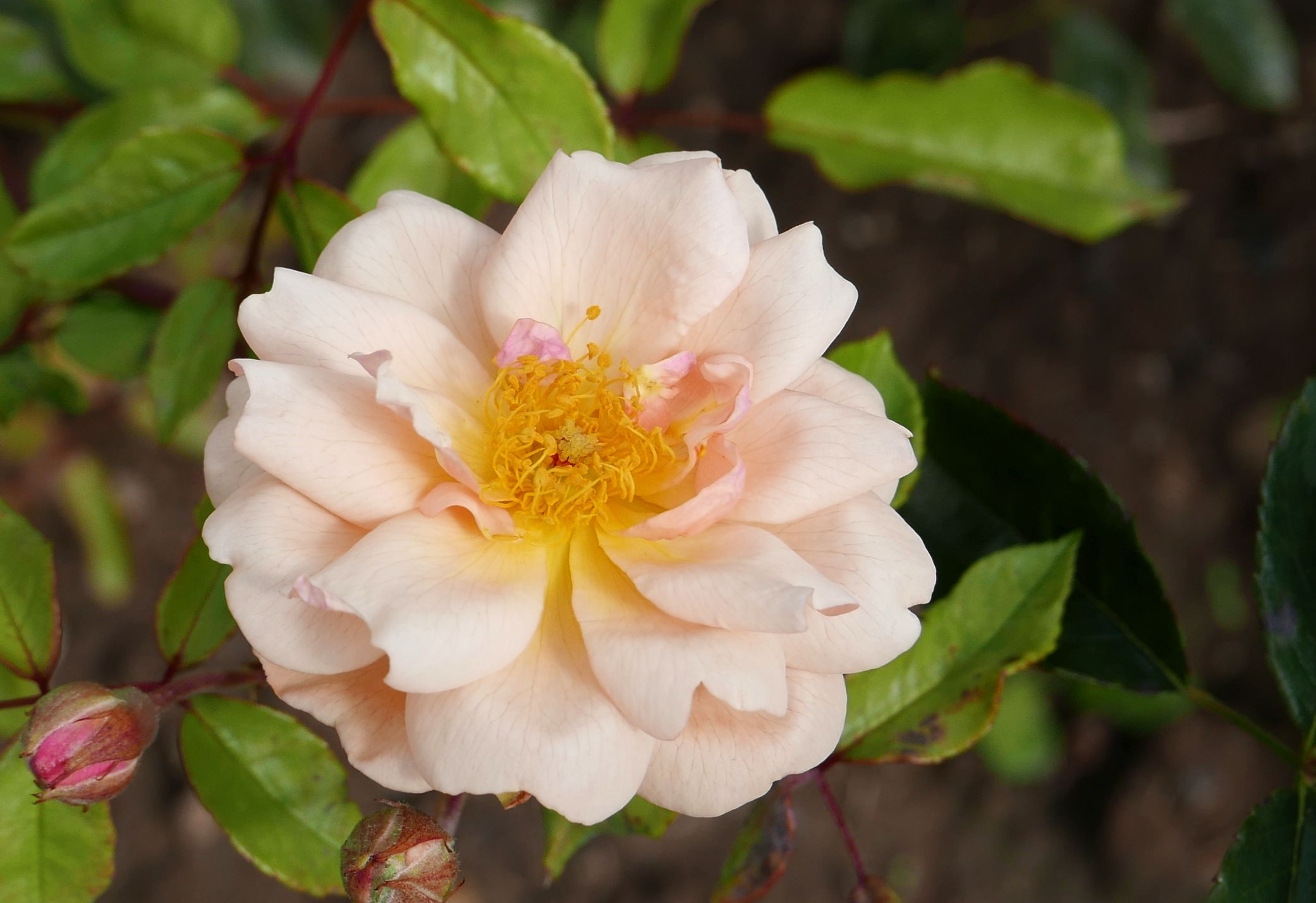
‘Clytemnestra’ Pemberton, 1915
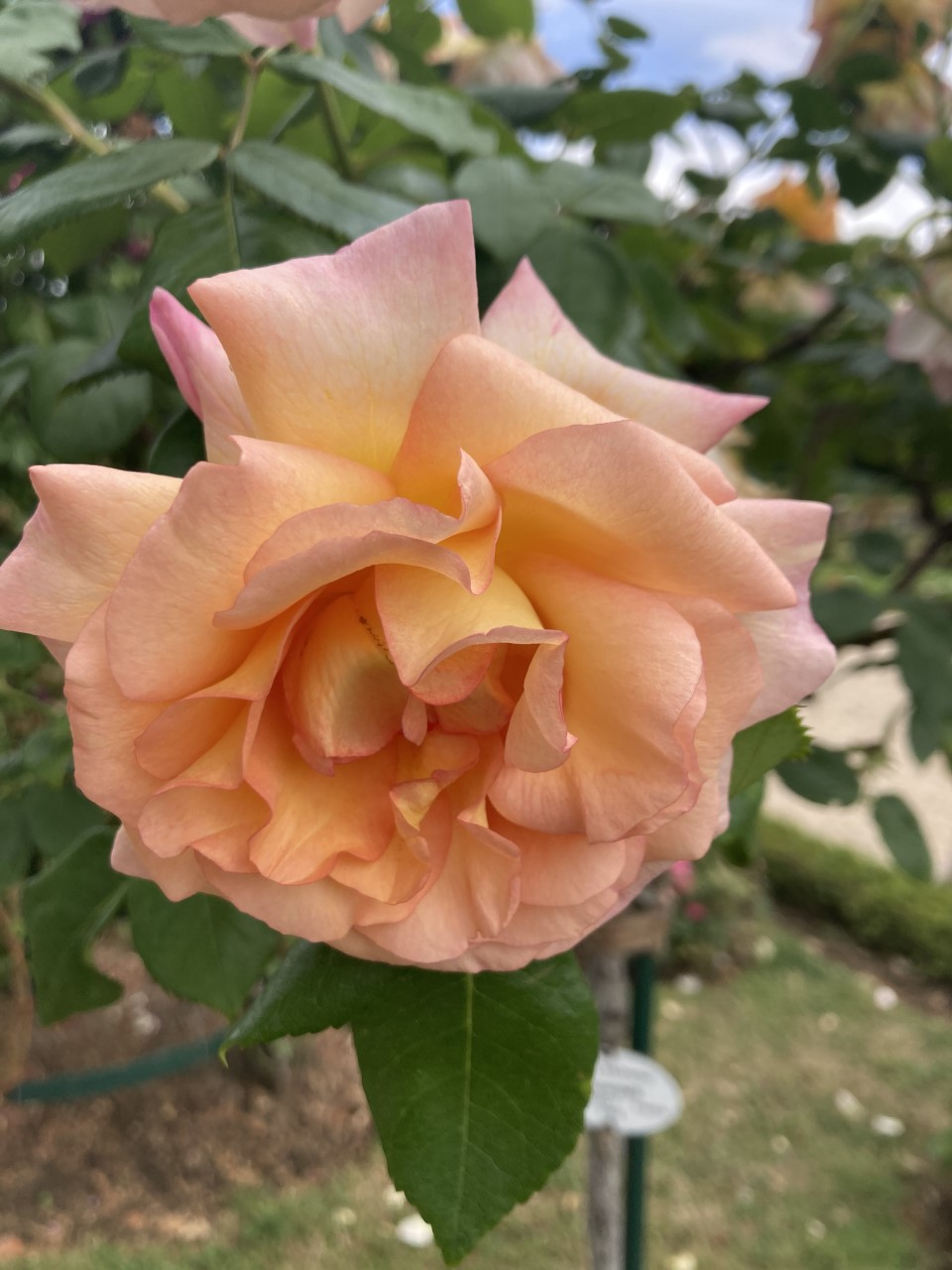
‘Cocarde’, Sauvageot/NIRP, 2008
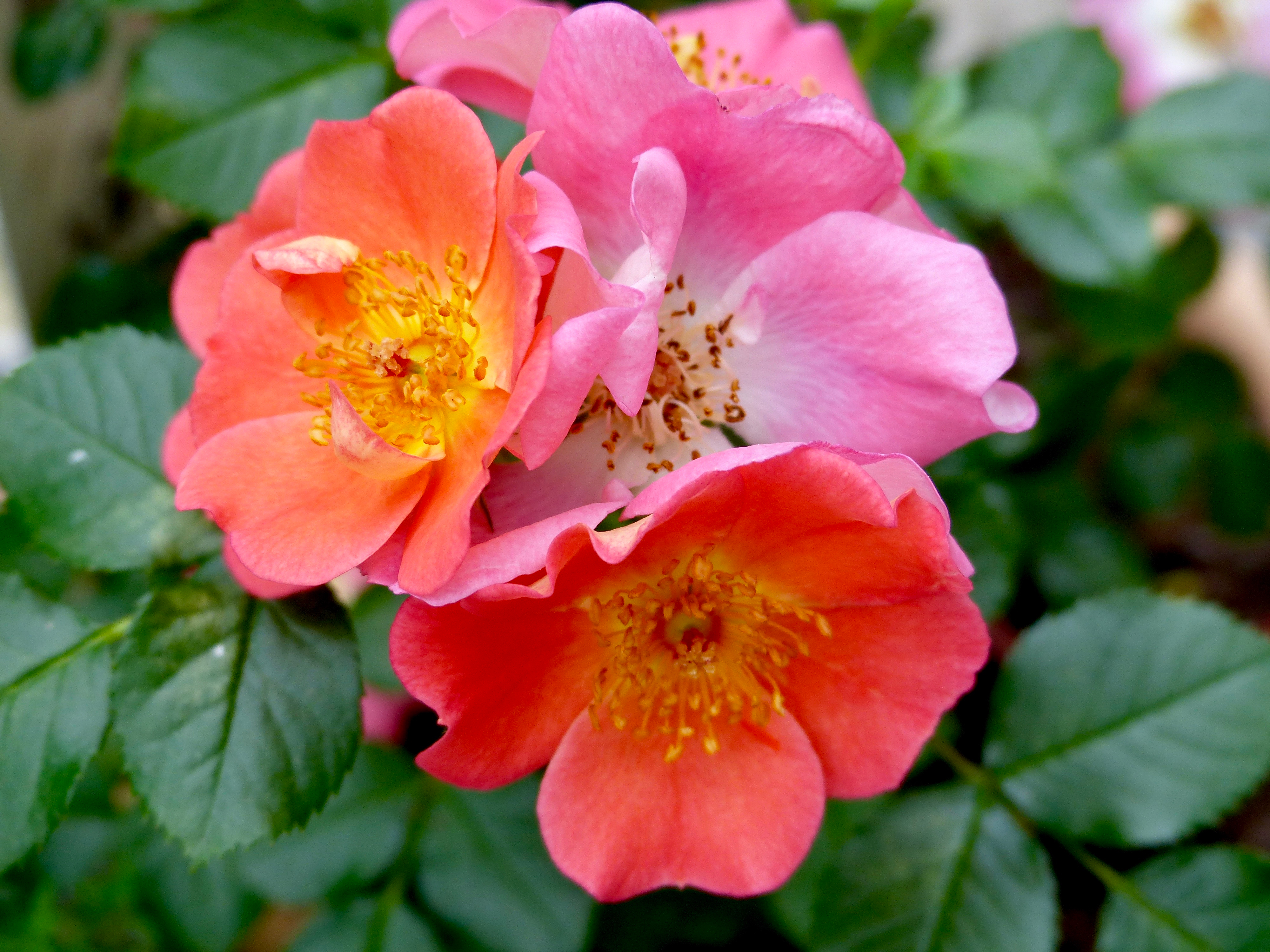
‘Coco’, Kordes, 1995
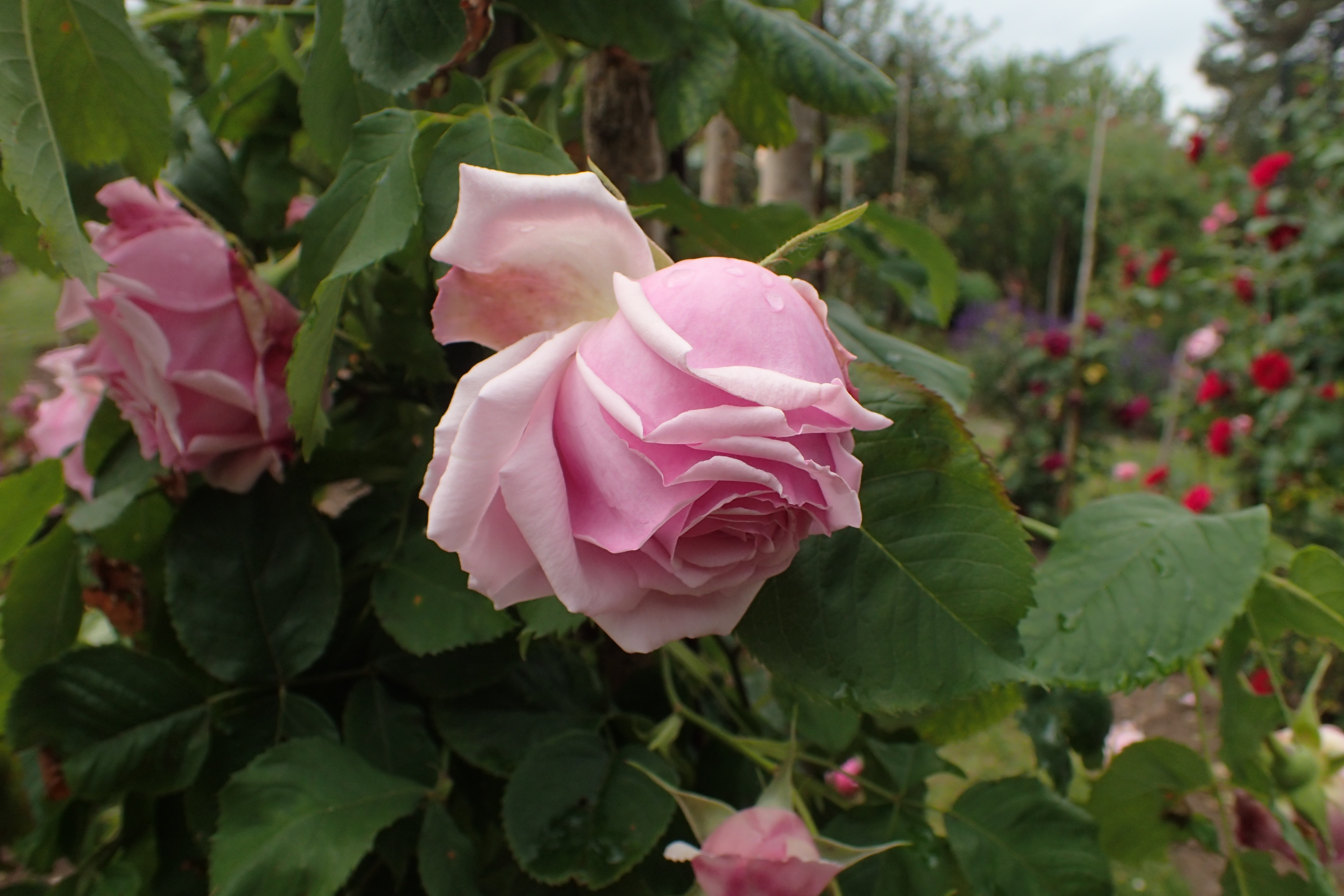
‘Colcestria’, B. R. Cant, 1916
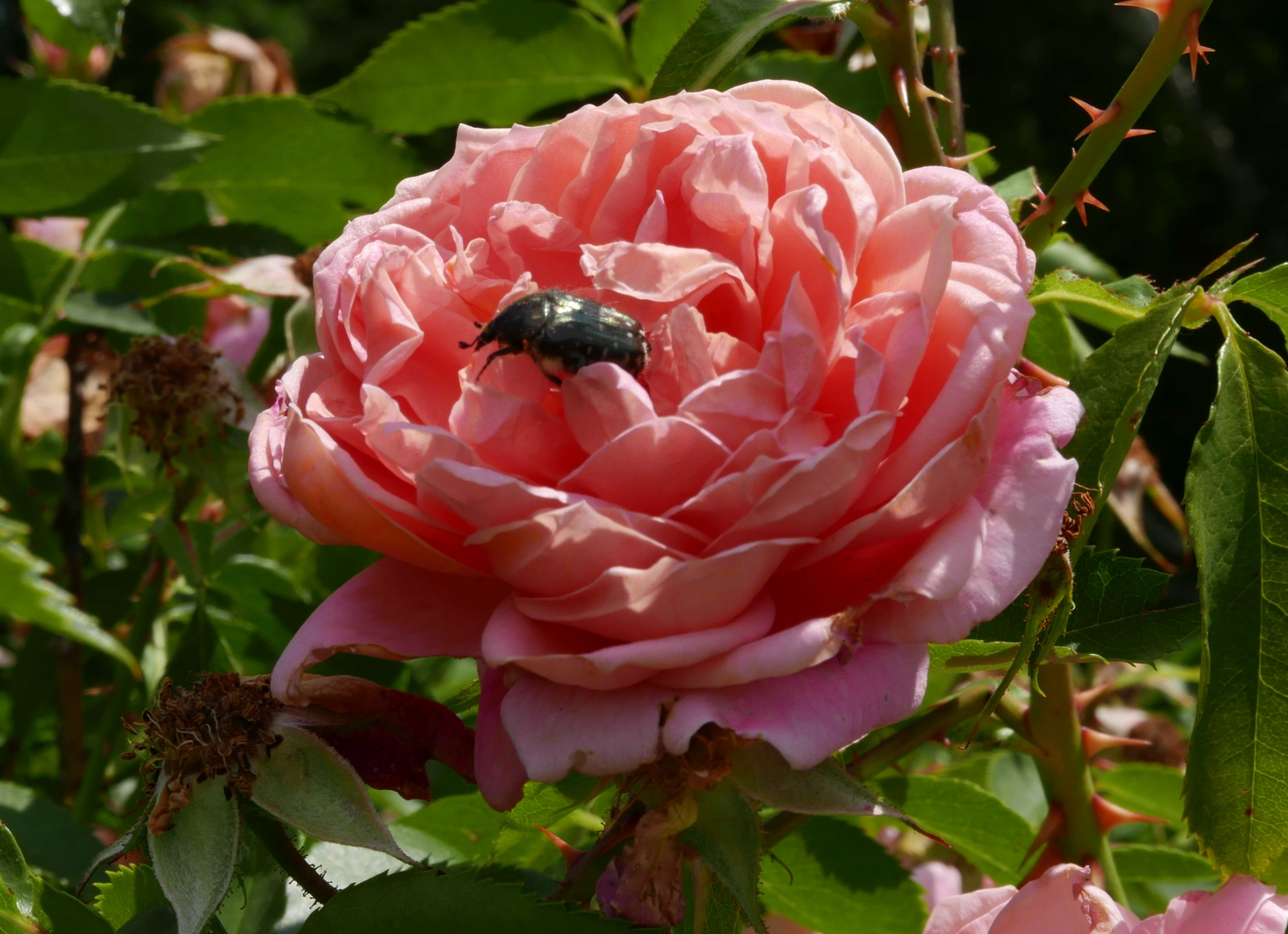
‘Colette’, Meilland, 1995
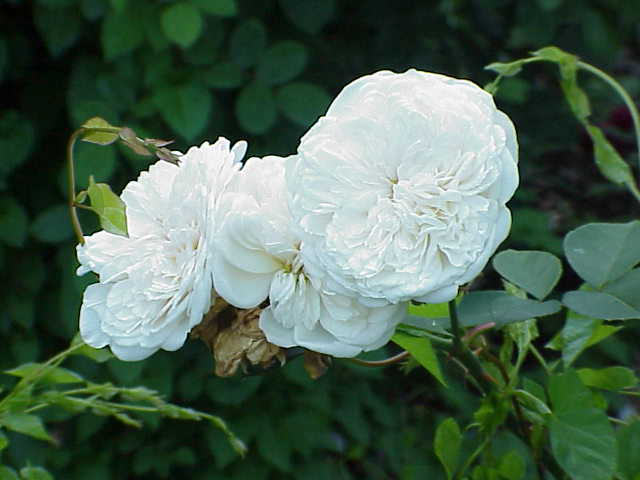
‘Colonial White’ (oder ‘Sombreuil’), ca. 1940
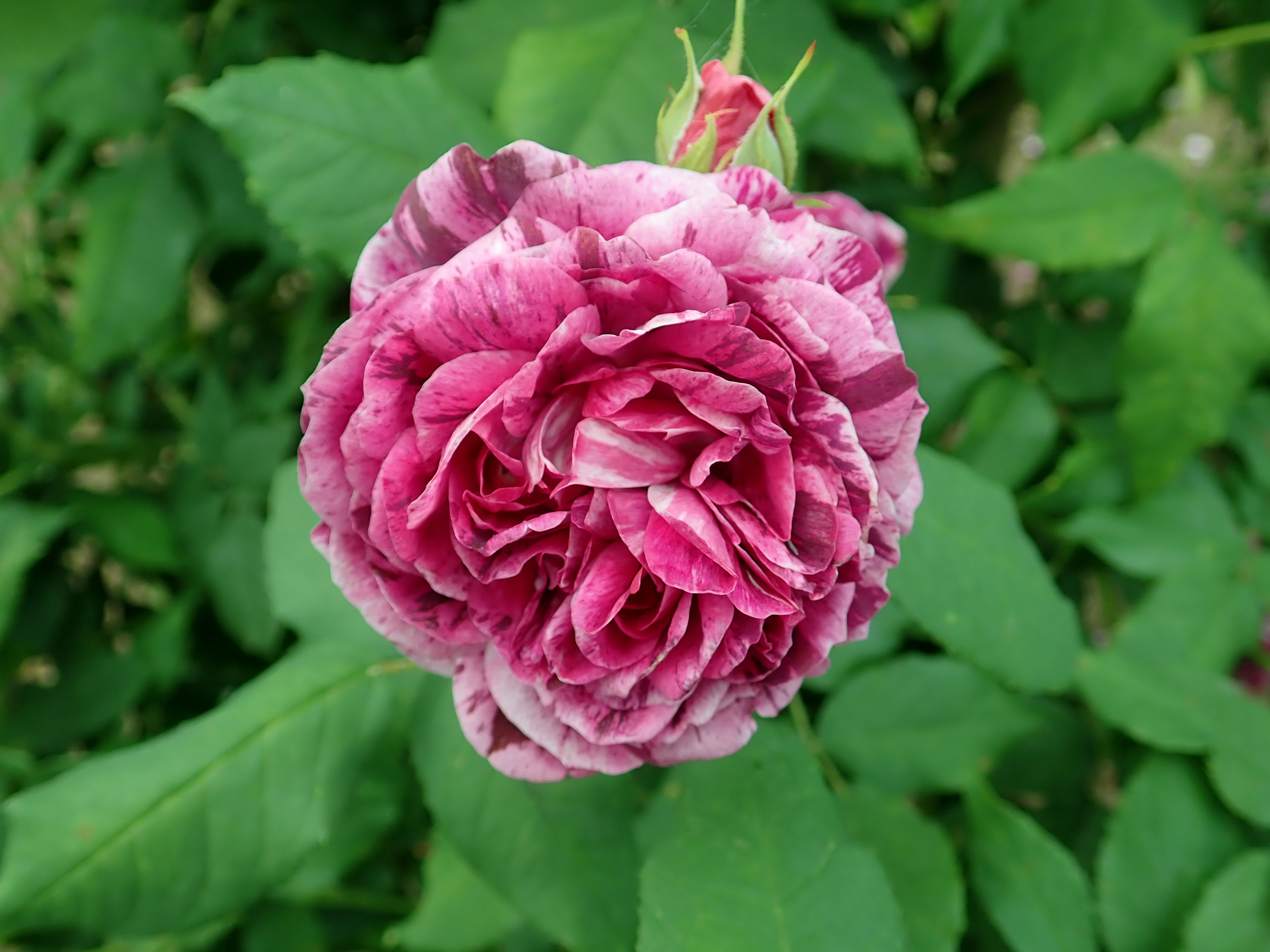
‘Commandant Beaurepaire’ (oder ‘Panachée d’Angers’), Moreau-Robert, 1864
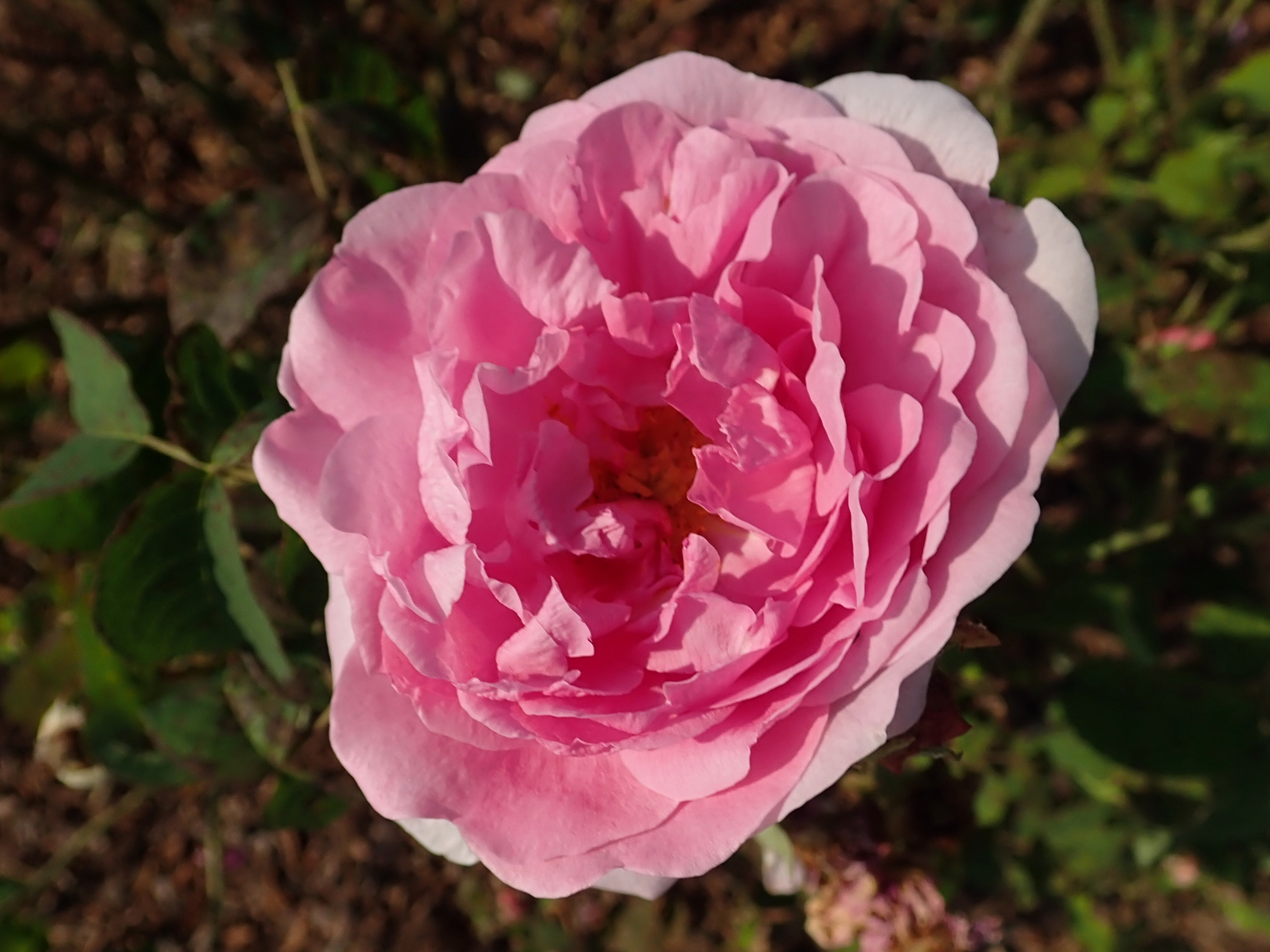
‘Comte de Chambord’, Robert & Moreau, vor 1858
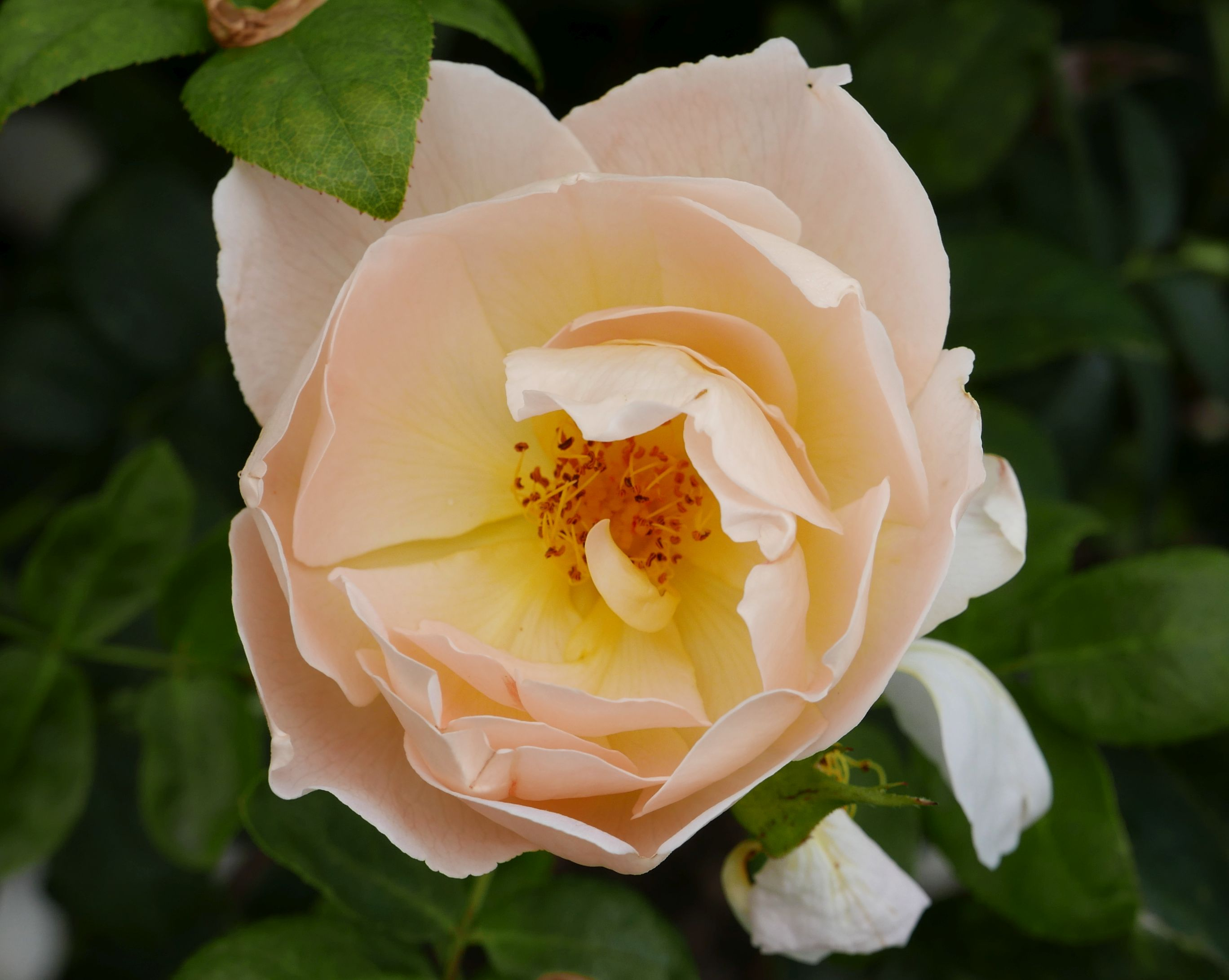
‘Comtes de Champagne’, Austin, 2001
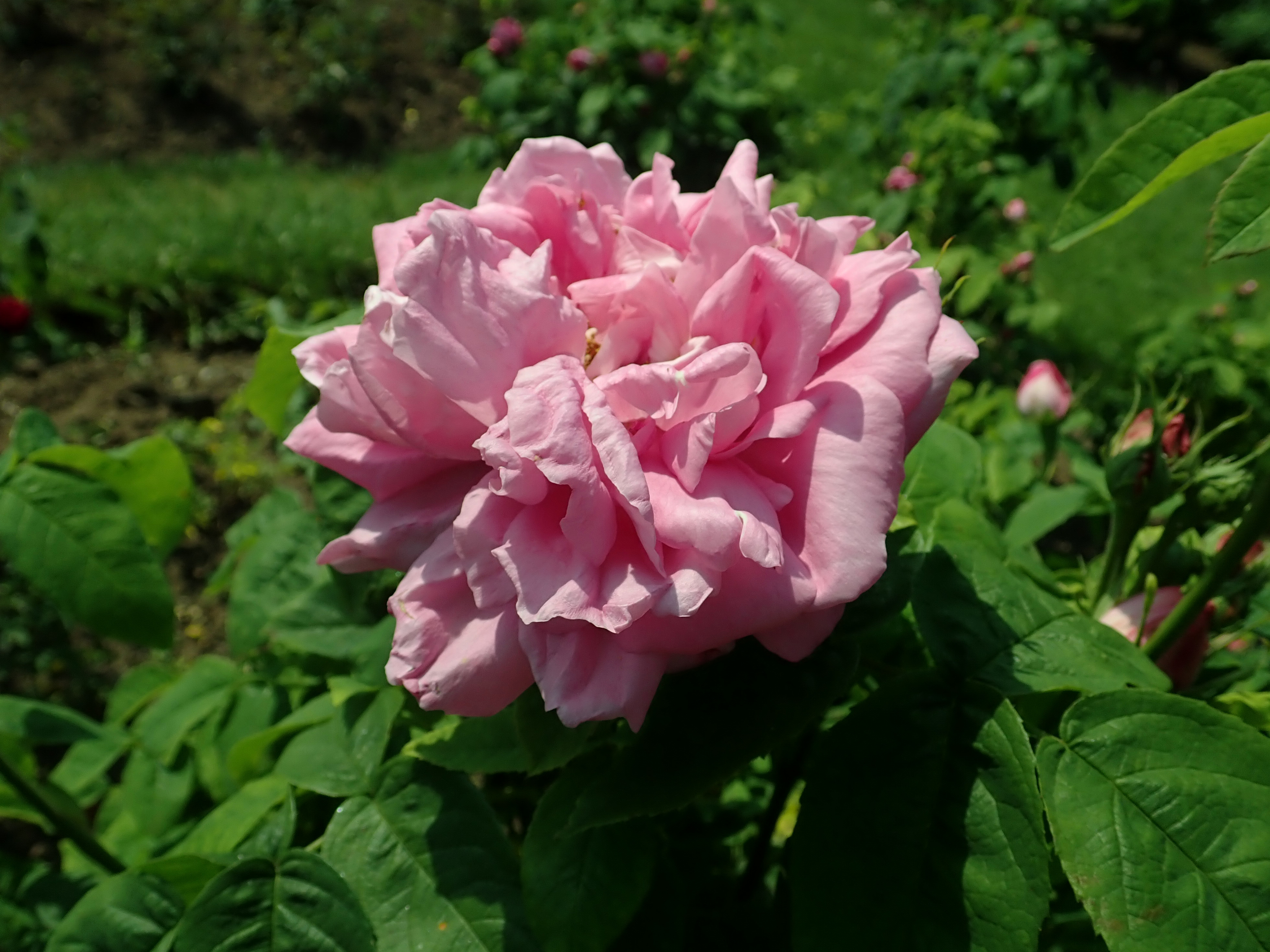
‘Comte de Mortemart’, Margottin, 1880
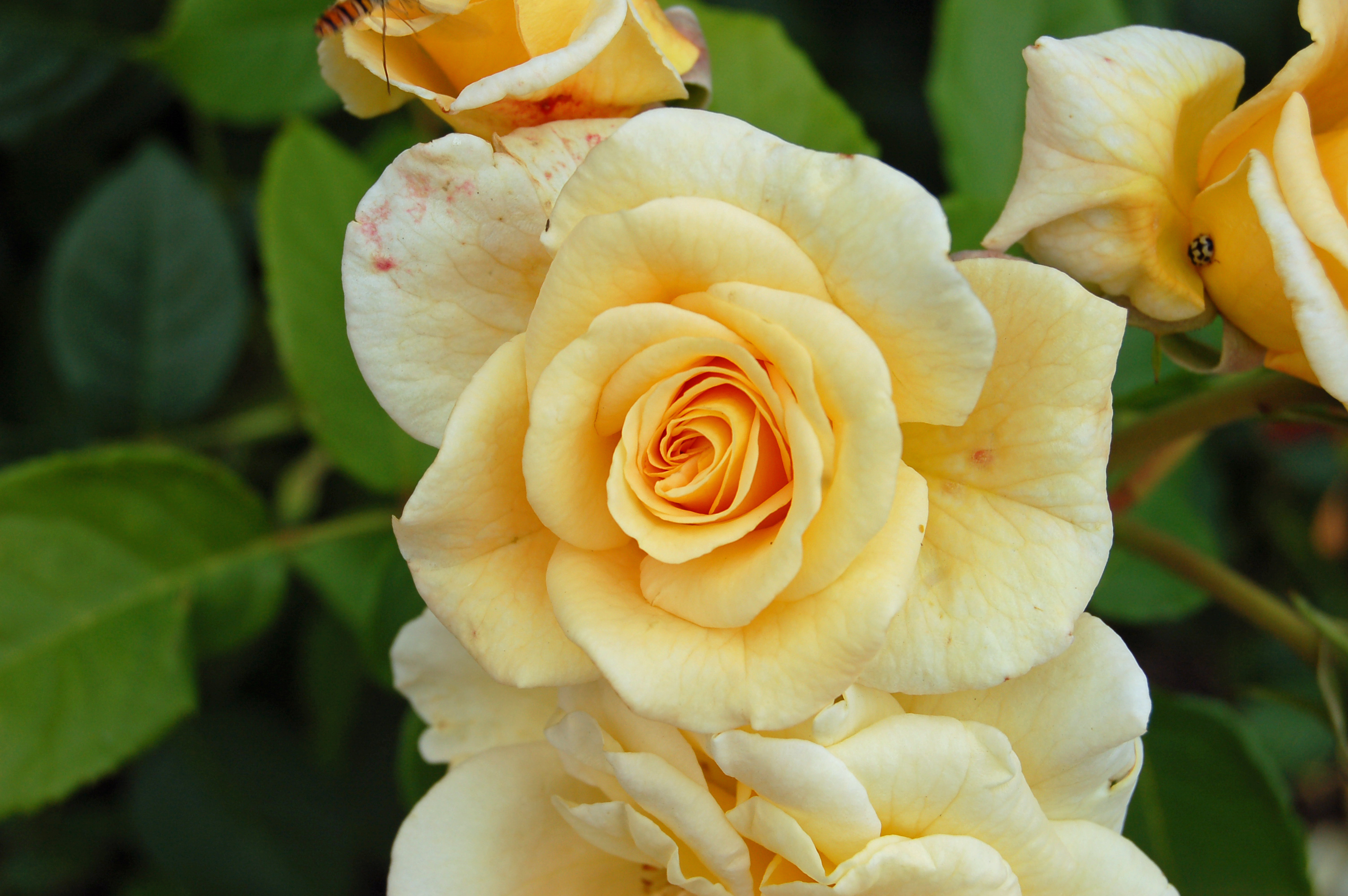
‘Comtessa’, Tantau, 2006
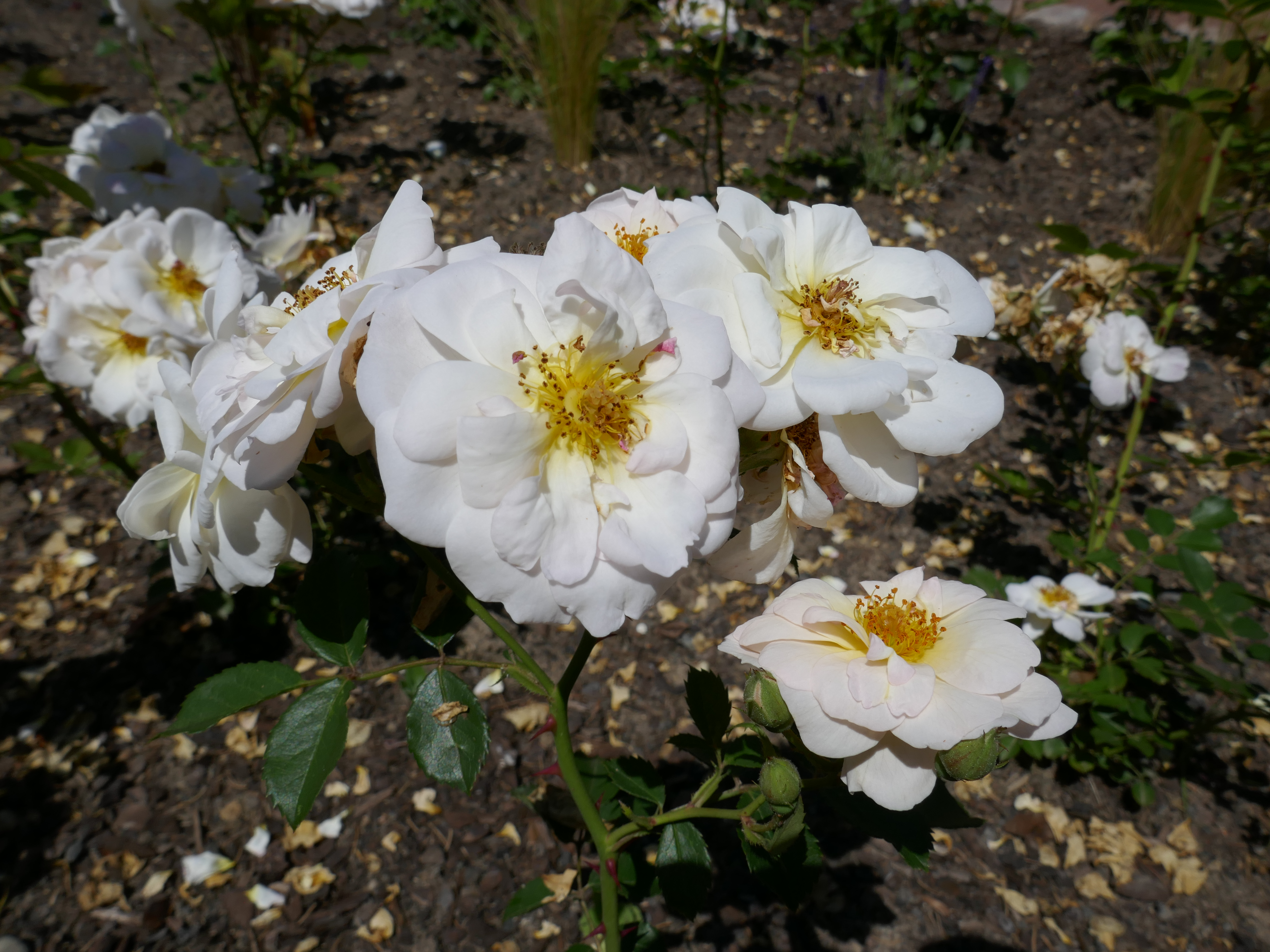
‘Comtesse André d’Oultremont’, Lens, 2016
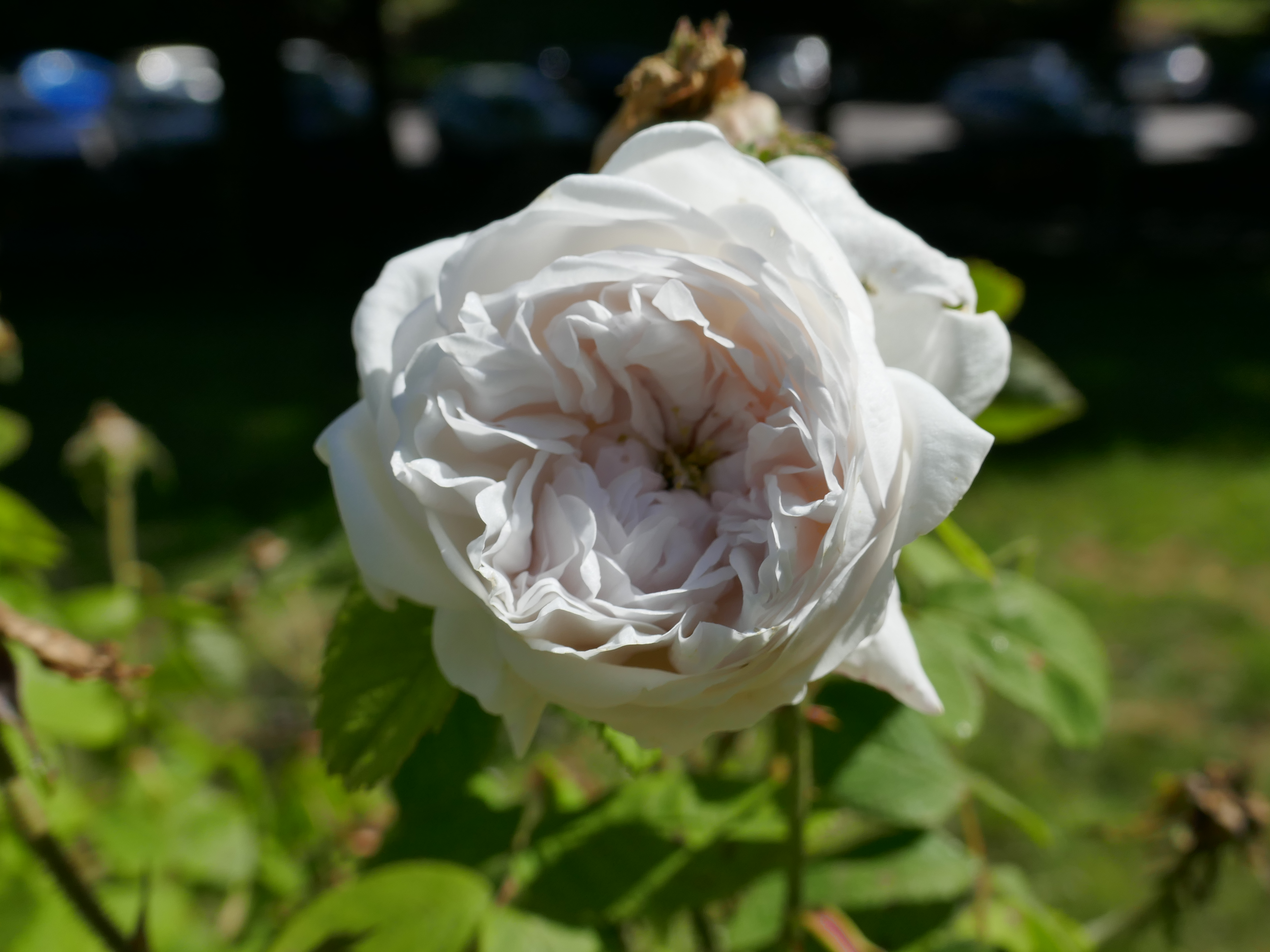
‘Comtesse de Lacépède’, Duval, < 1840
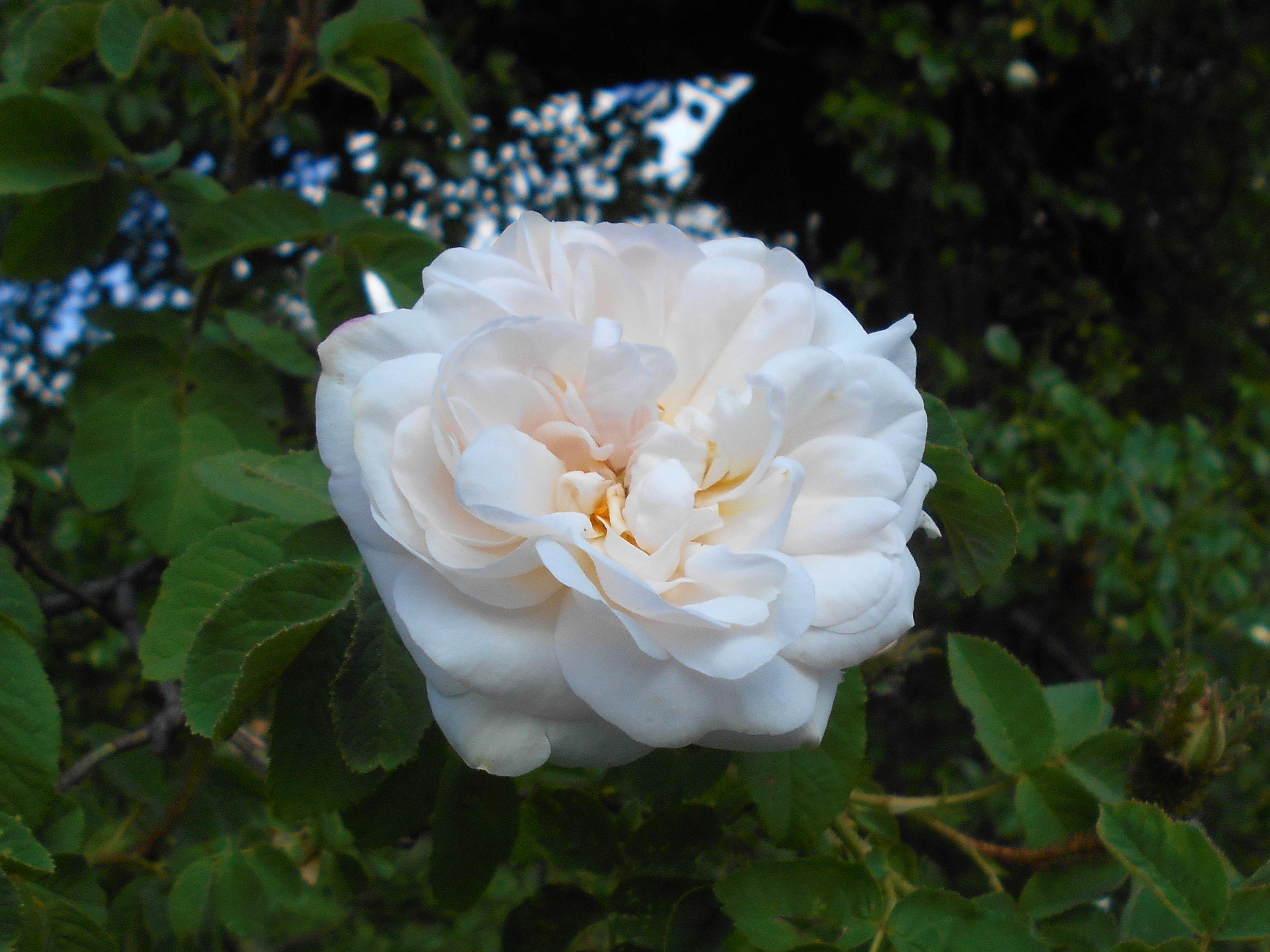
‘Comtesse de Murinais’, Vibert, 1843
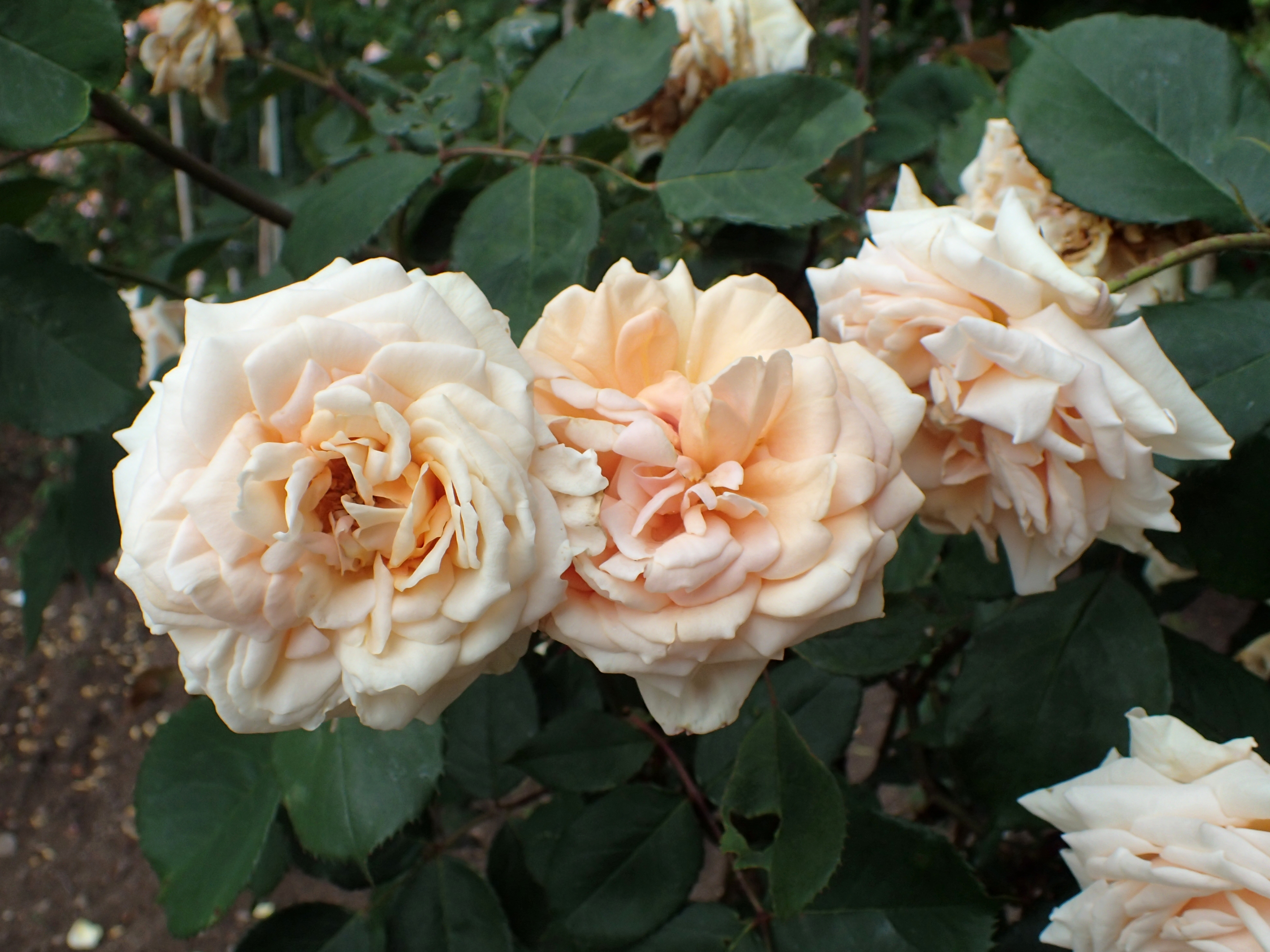
‘Comtesse de Noghera’, Nabonnand, 1902
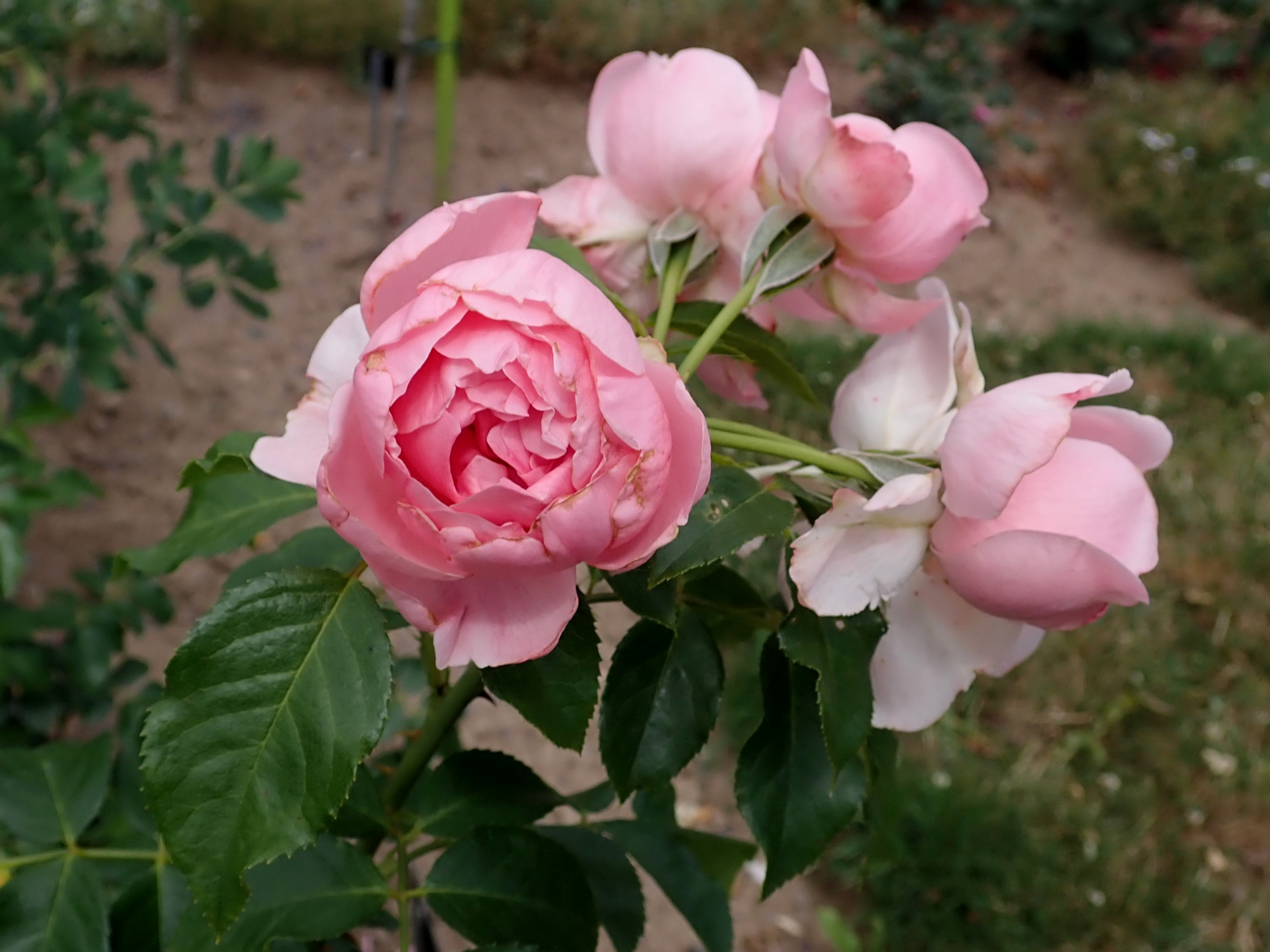
‘Comtesse de Ségur’ (oder ‘Tendresse’), Delbard, vor 1992
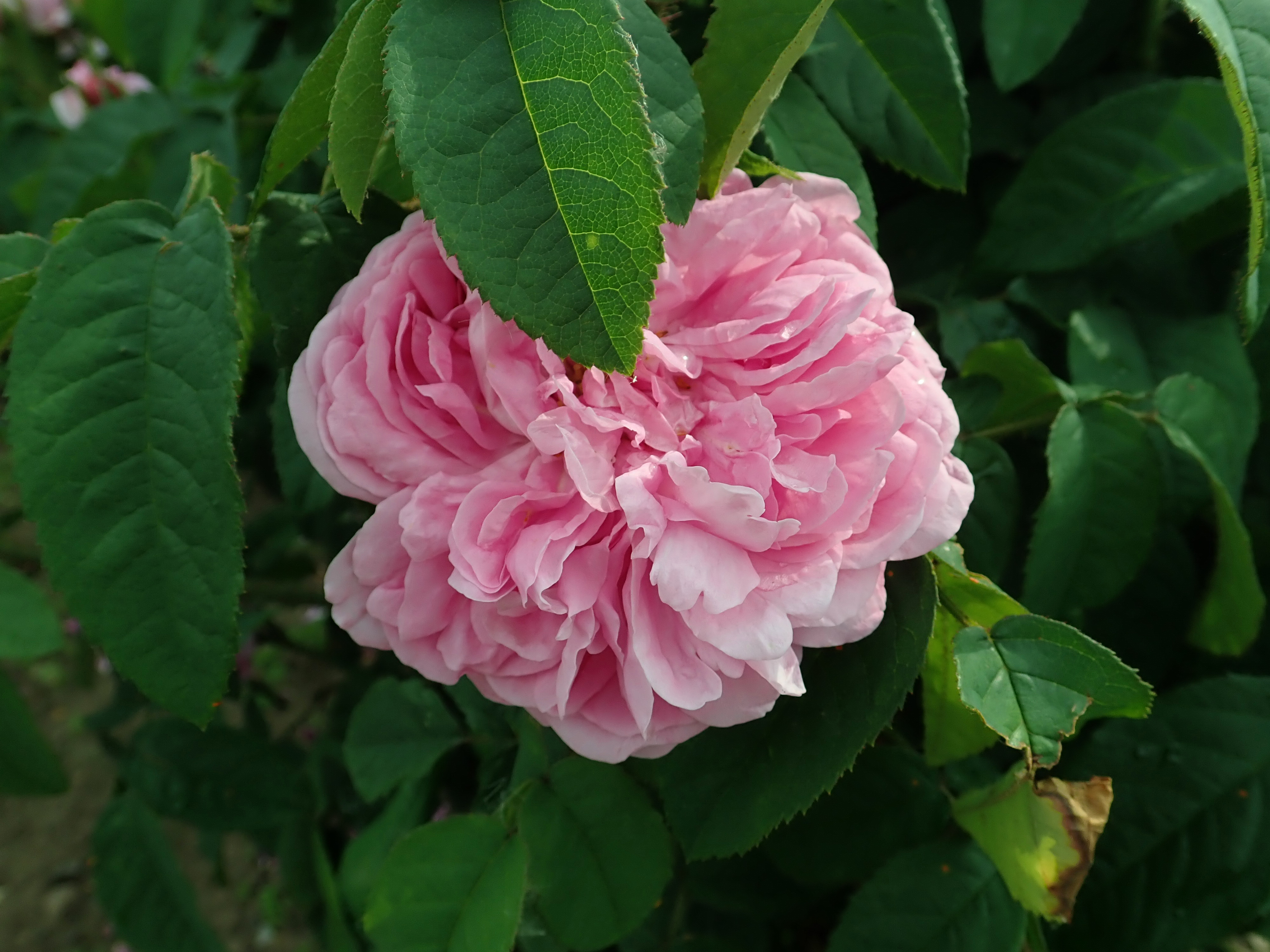
‘Comtesse Doria’, Portemer, 1854
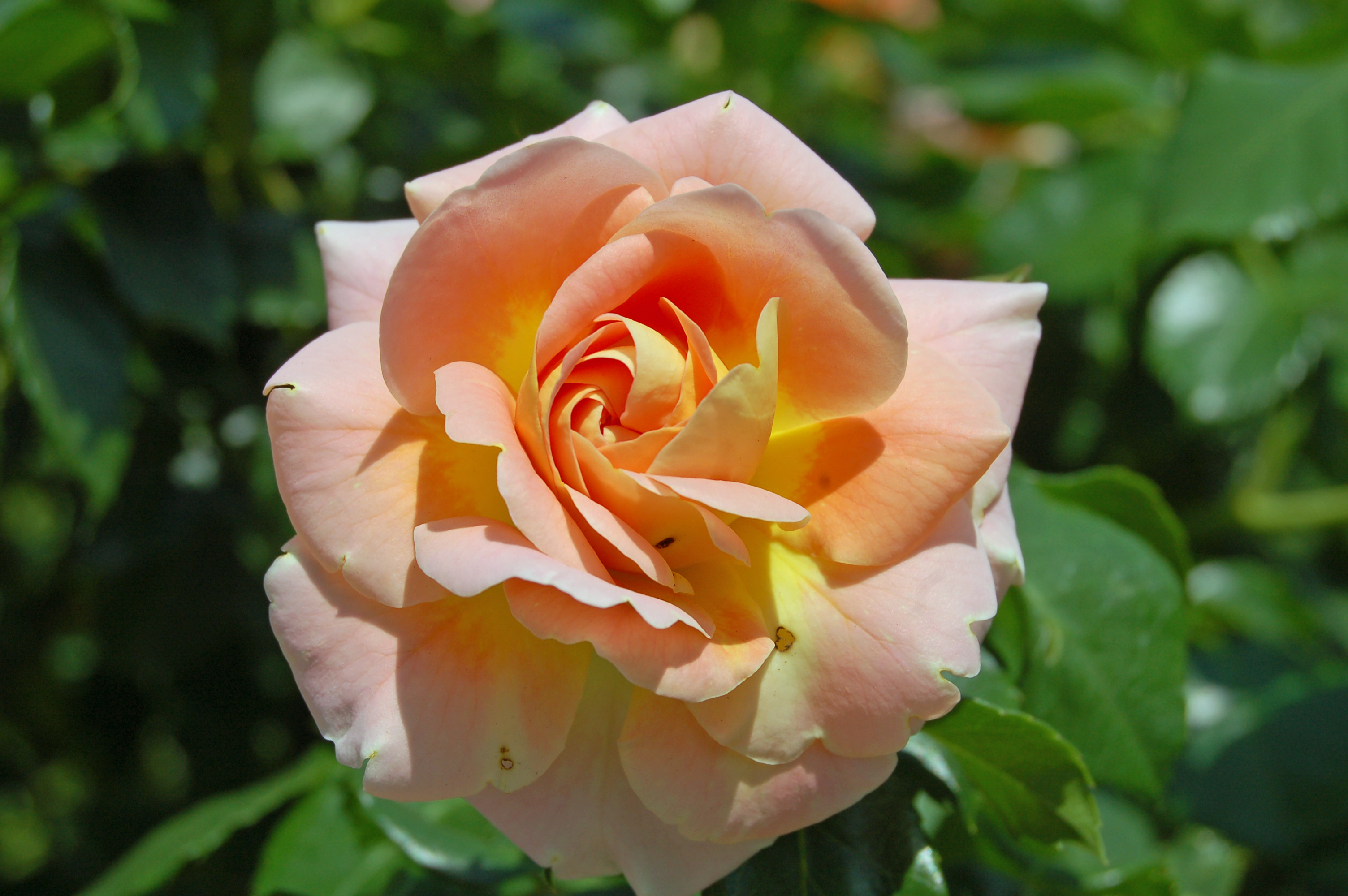
‘Concerto’, Meilland, 1994
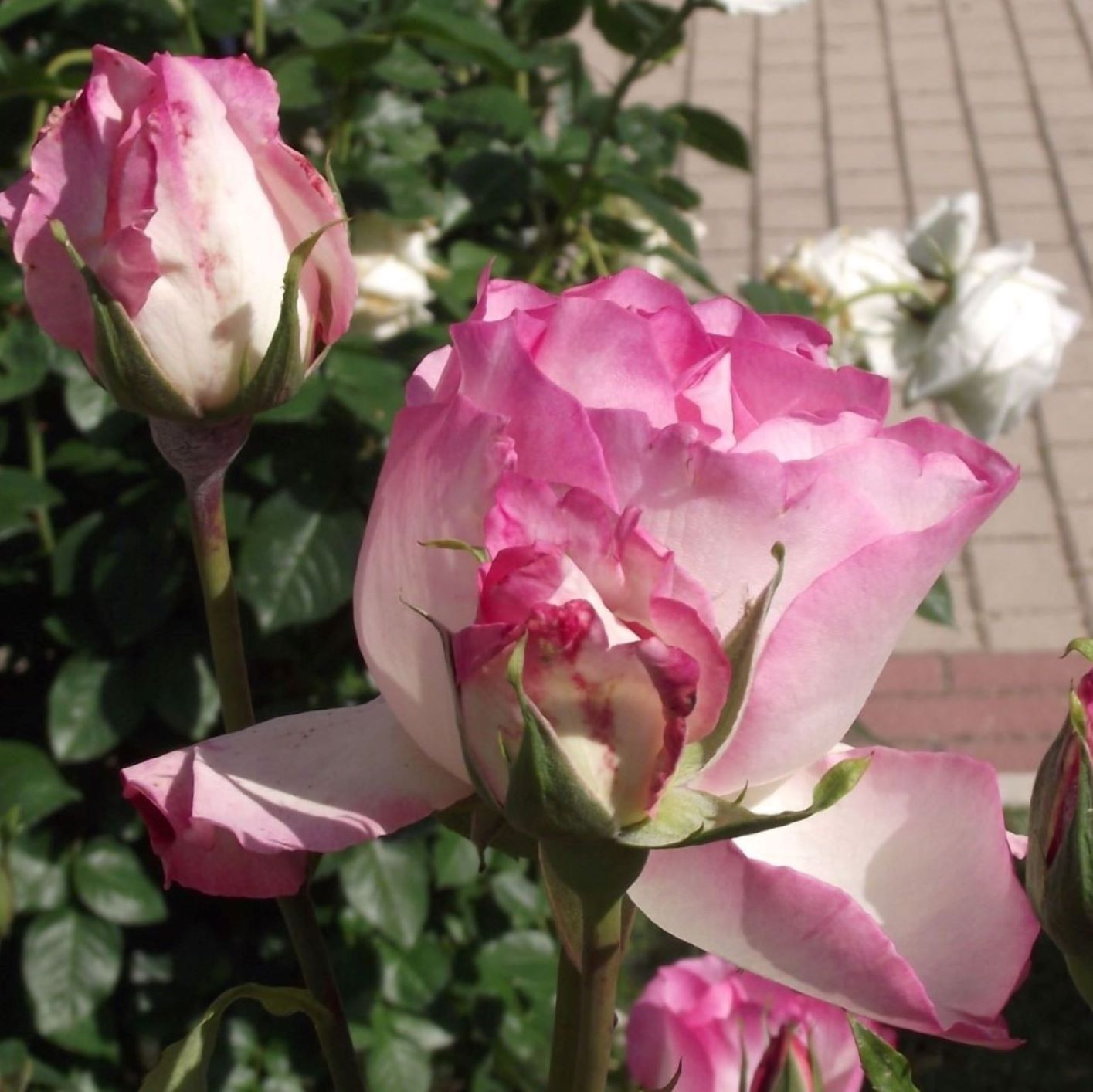
‘Condesa de Mayalde’, Pedro Dot, 1956
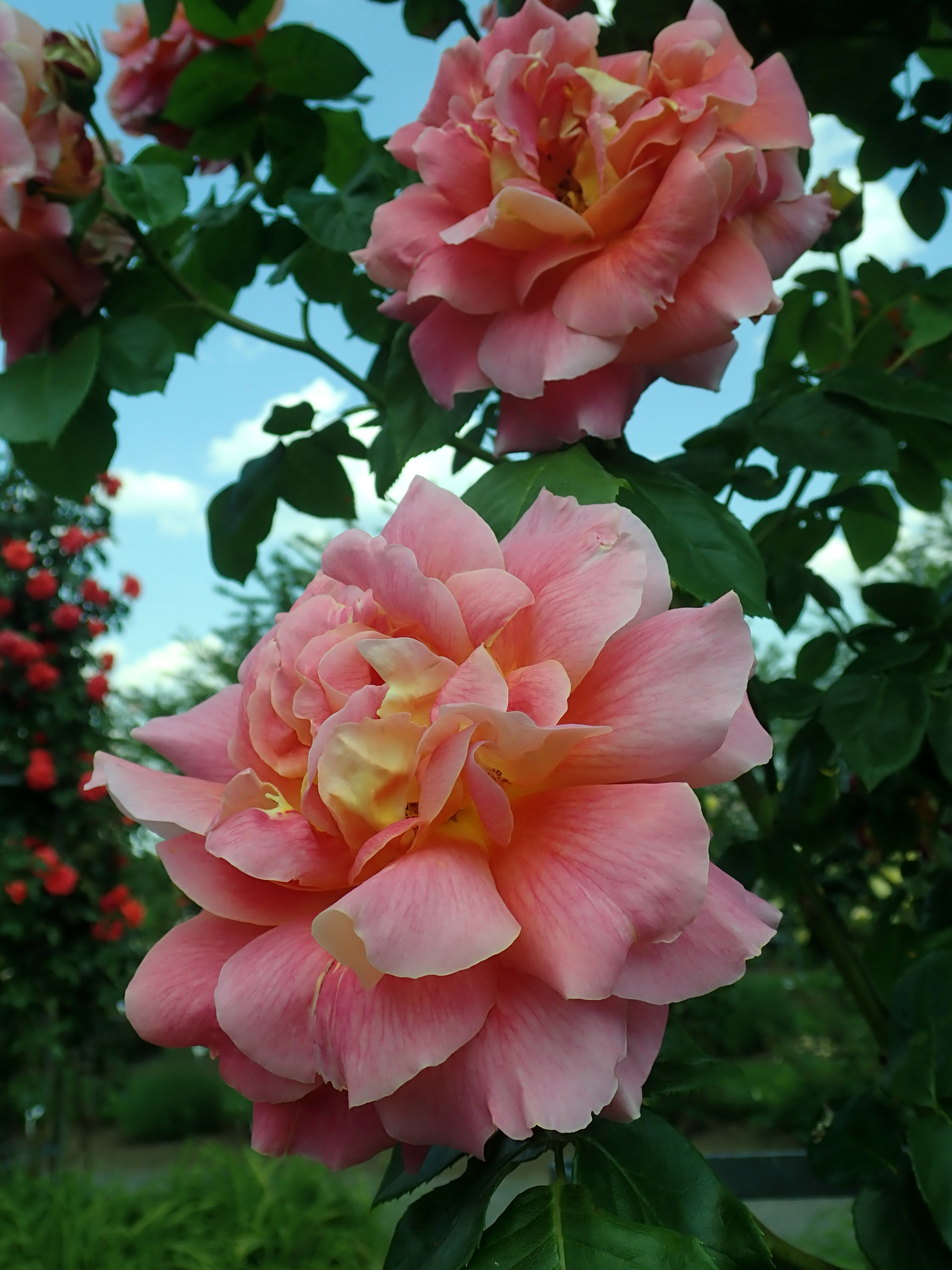
‘Condesa de Sástago’, Joseph W. Vestal & Son, 1936
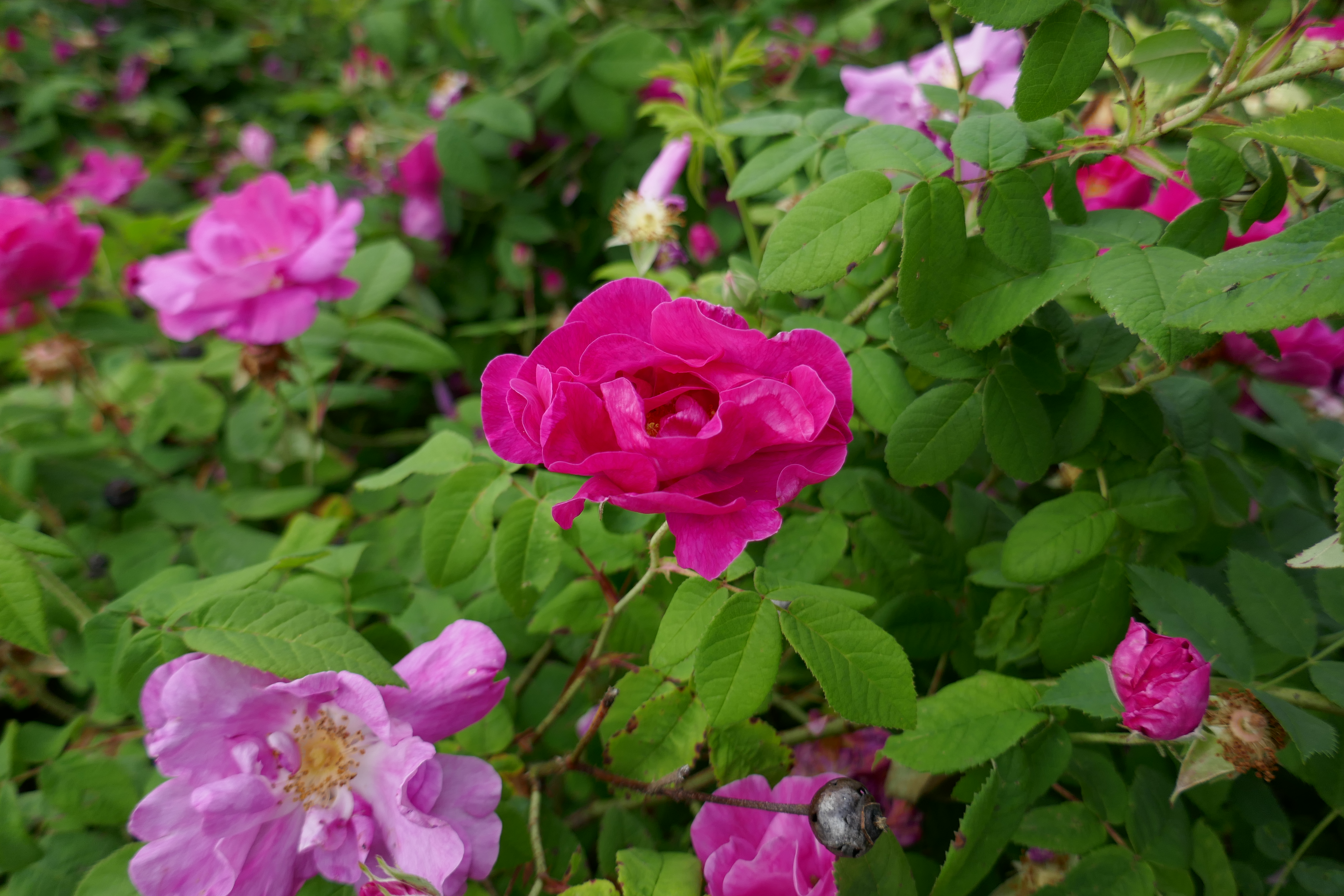
‘Conditorum’ (‘Konditor-Rose’), Dieck, 1889
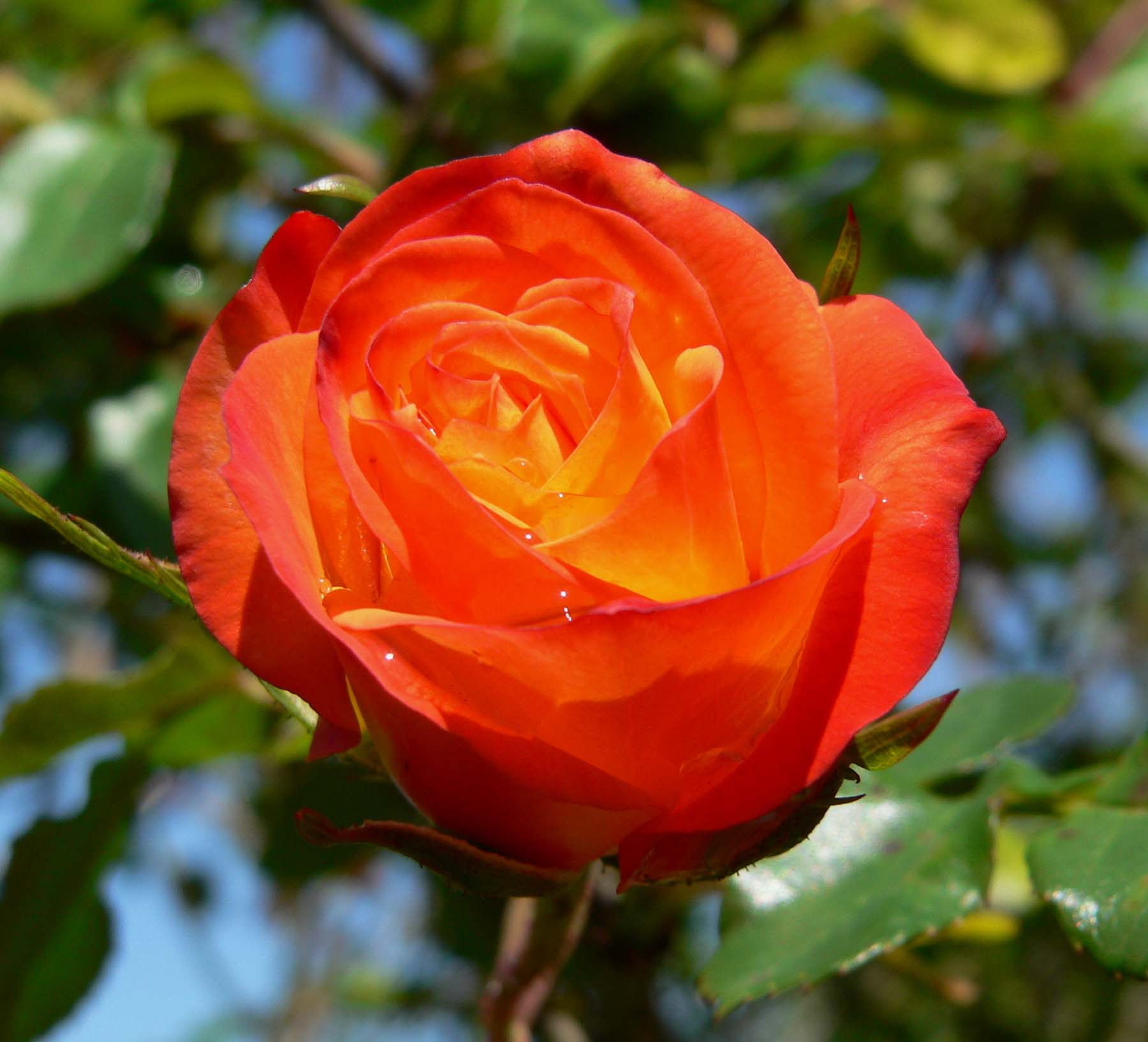
‘Confetti’, Swim & Christensen, 1983
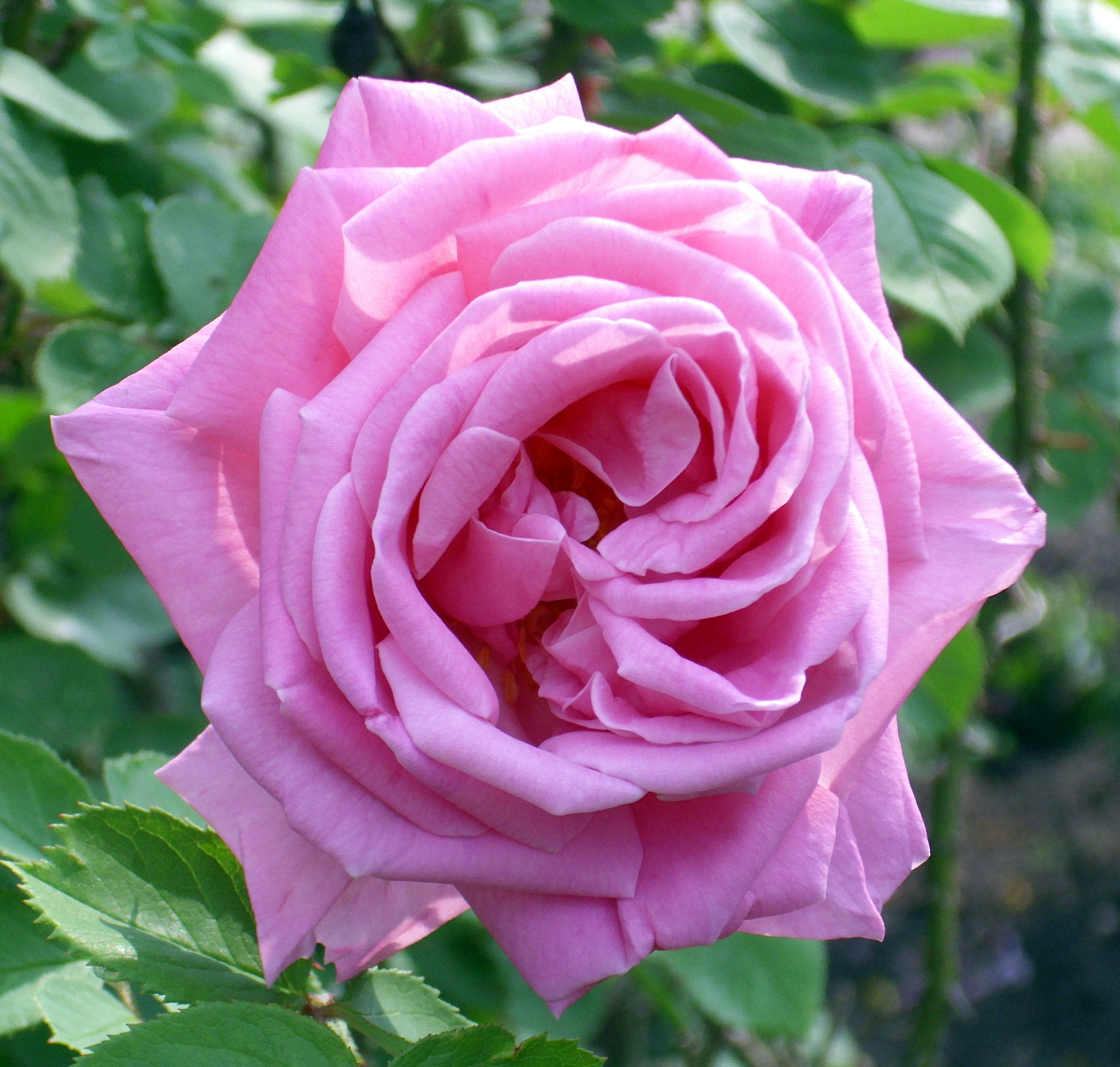
‘Conrad Ferdinand Meyer’, Dr. Müller, 1899
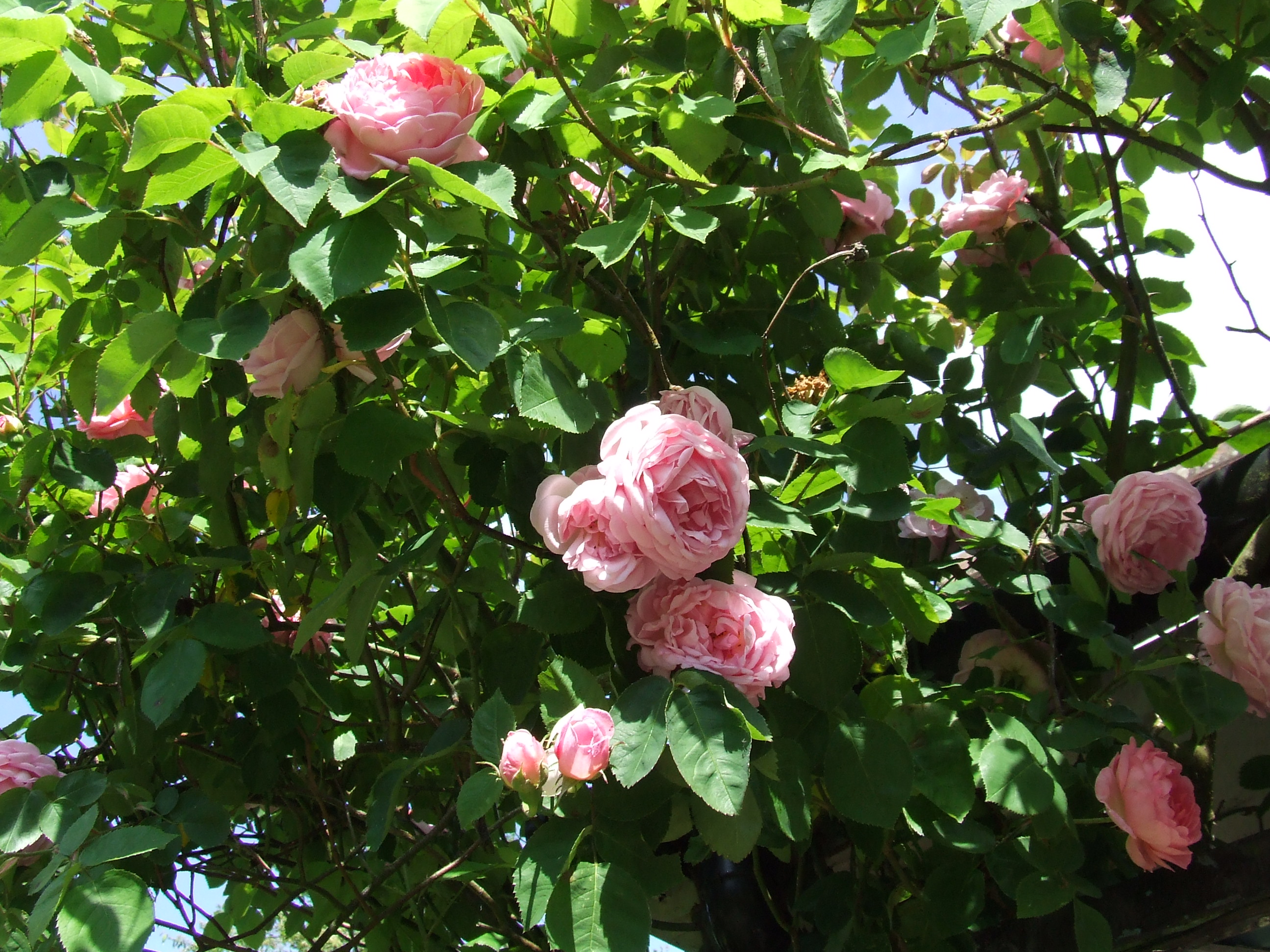
‘Constance Spry’, Austin, 1961
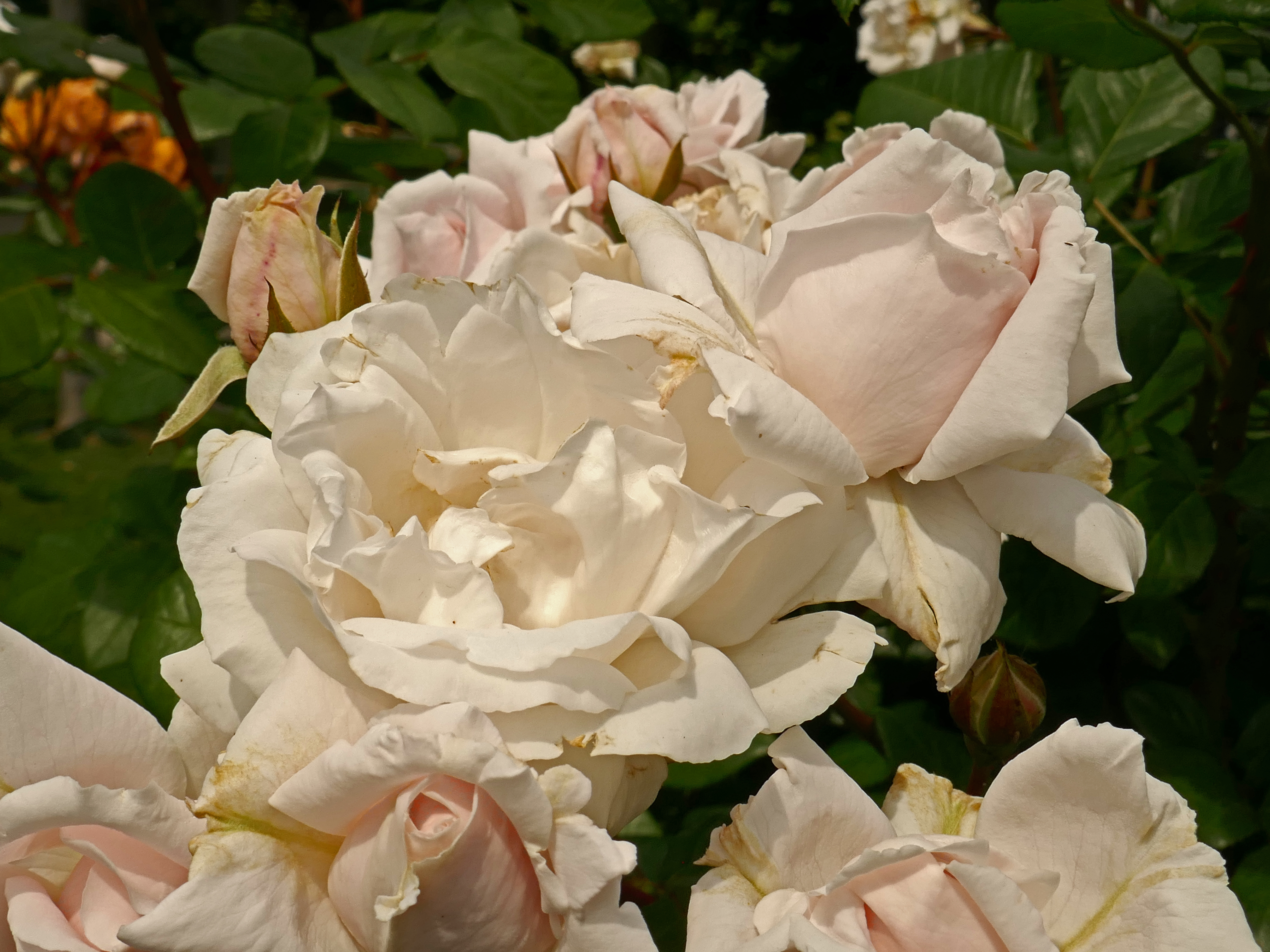
‘Constanze Mozart’, Kordes, 1998
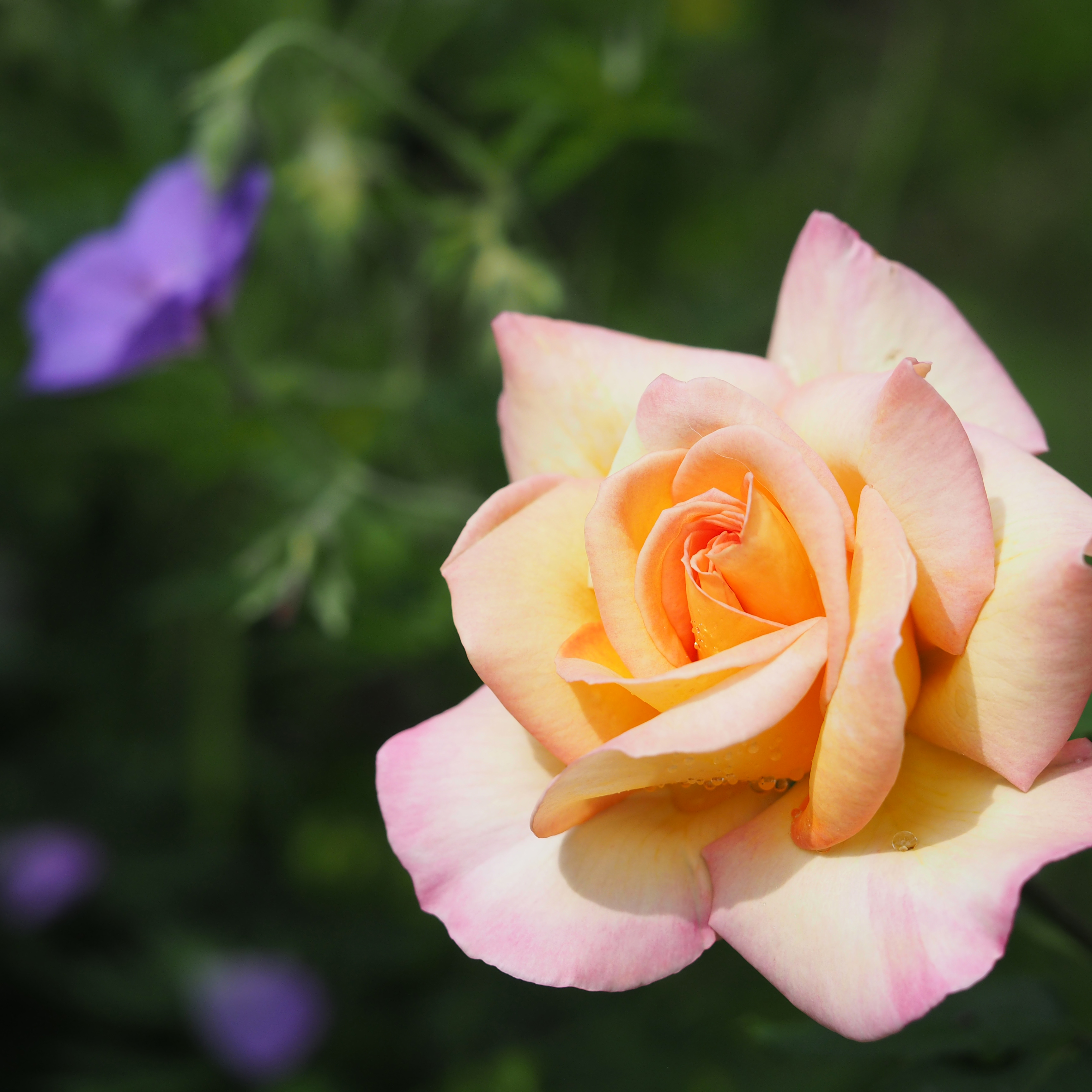
‘Coppélia’, Meilland, 1952
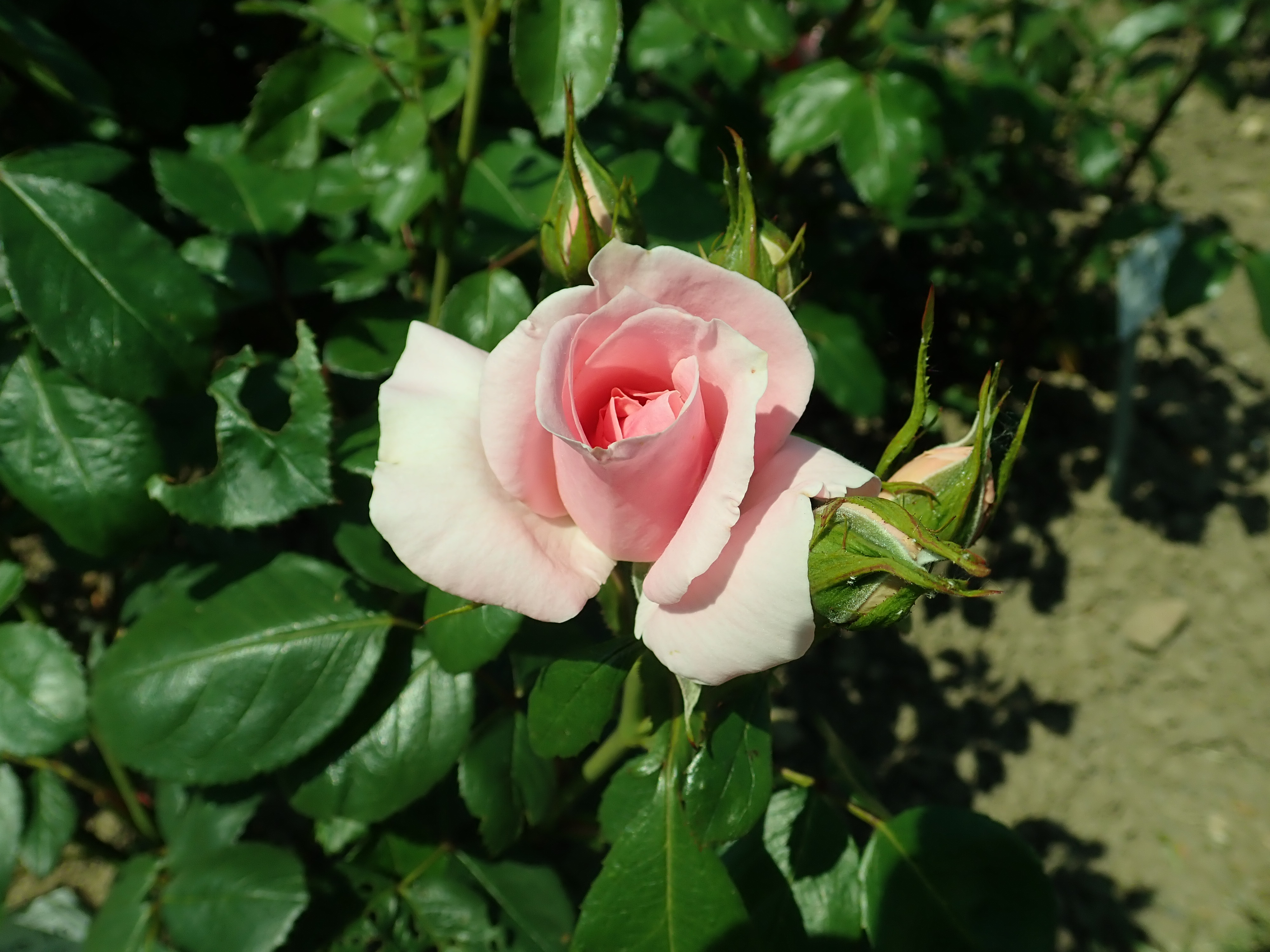
‘Coppélia 76’, Meilland, 1976
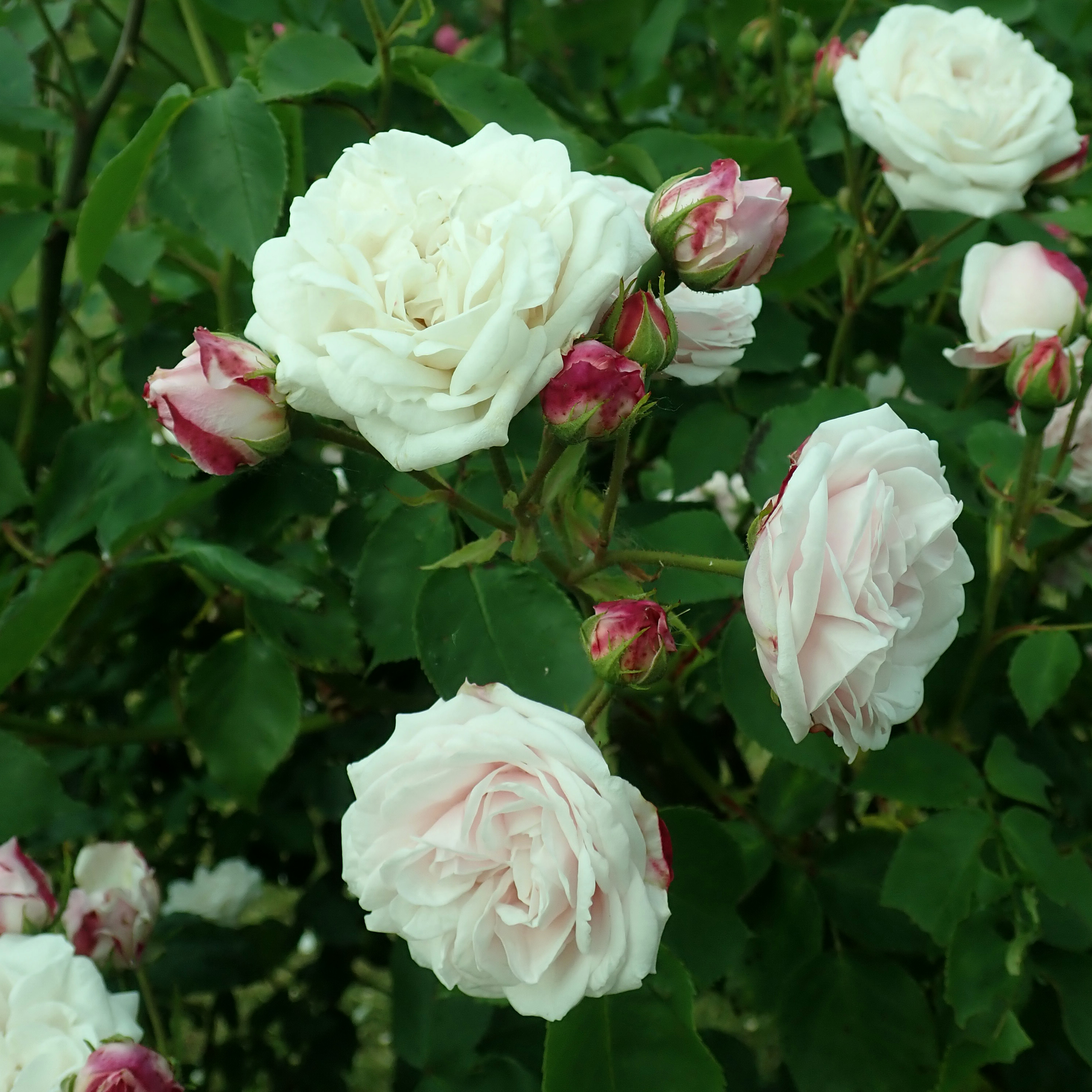
‘Coquette des Blanches’, François Lacharme, 1871
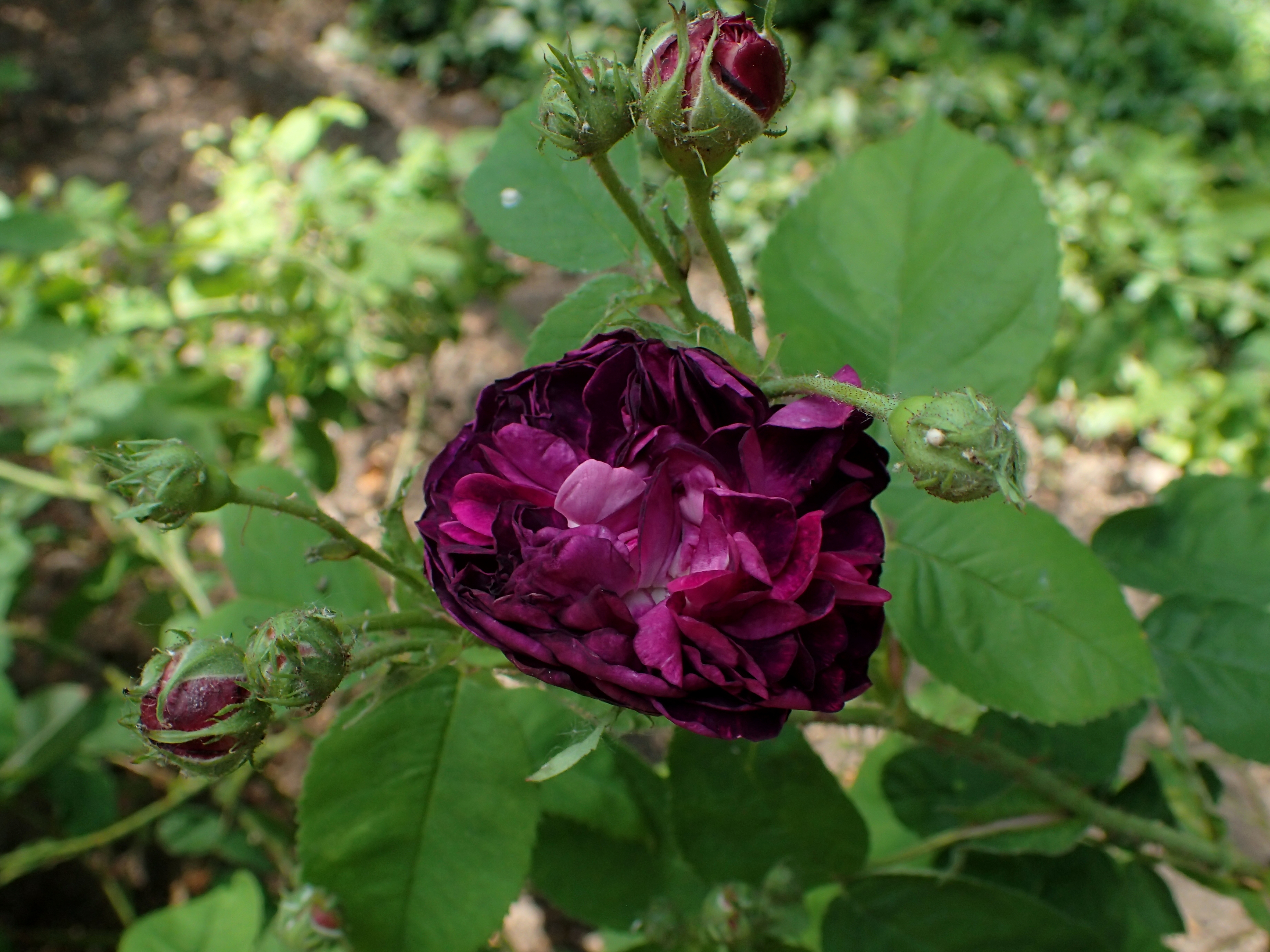
‘Cora’, Lecomte, vor 1828
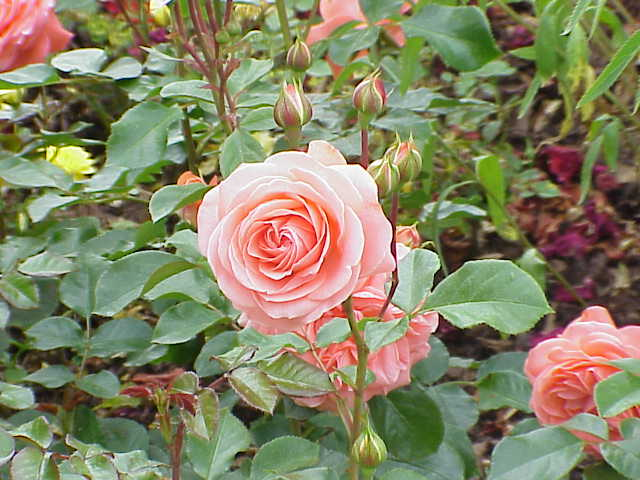
‘Coral Palace’, Poulsen, 1997
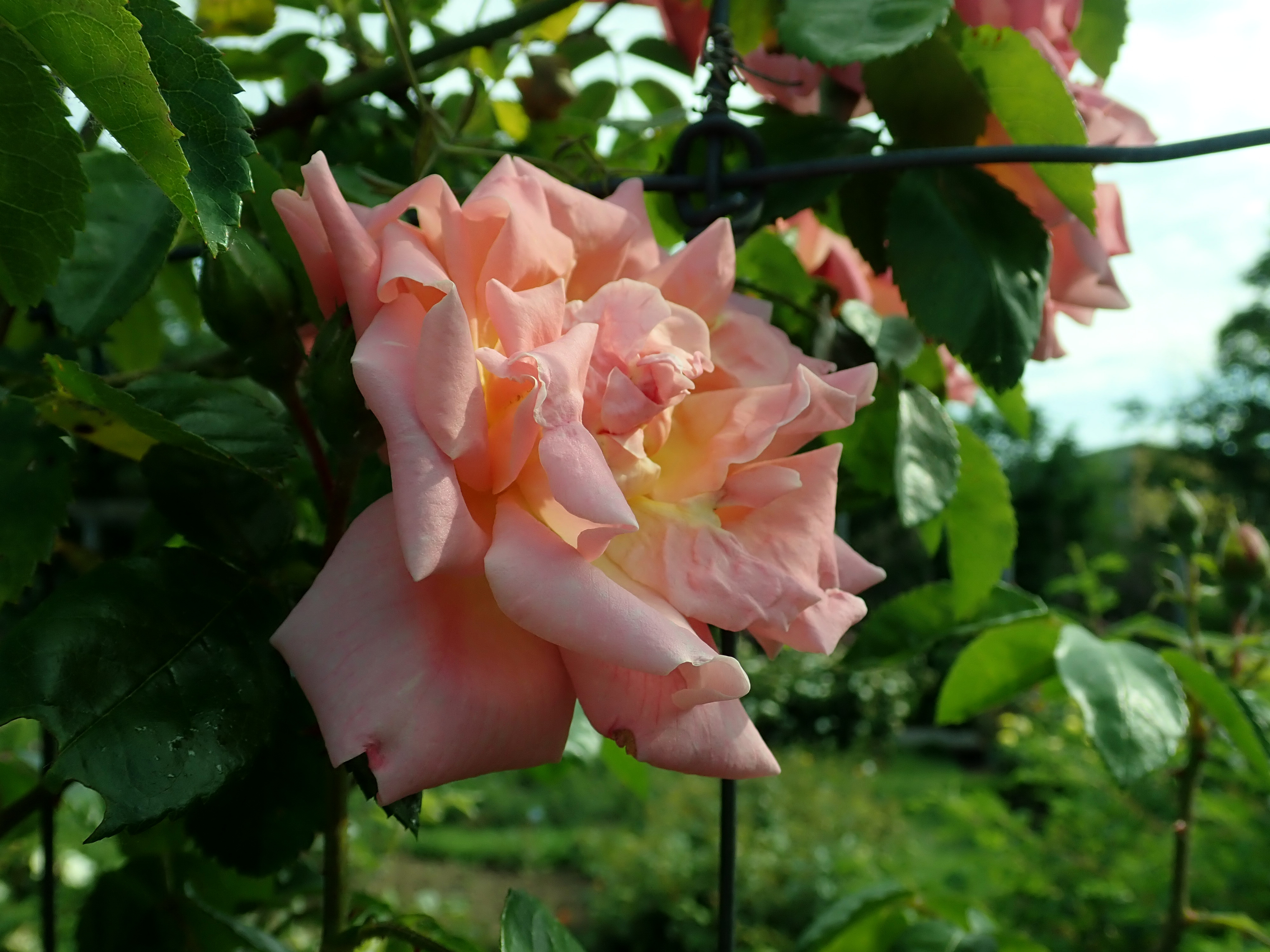
‘Coralie’, William Paul, 1919
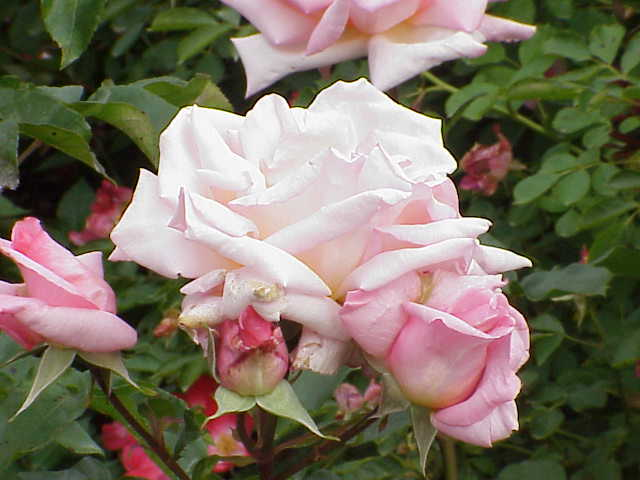
‘Coronado’, Peterson & Dering, 1961
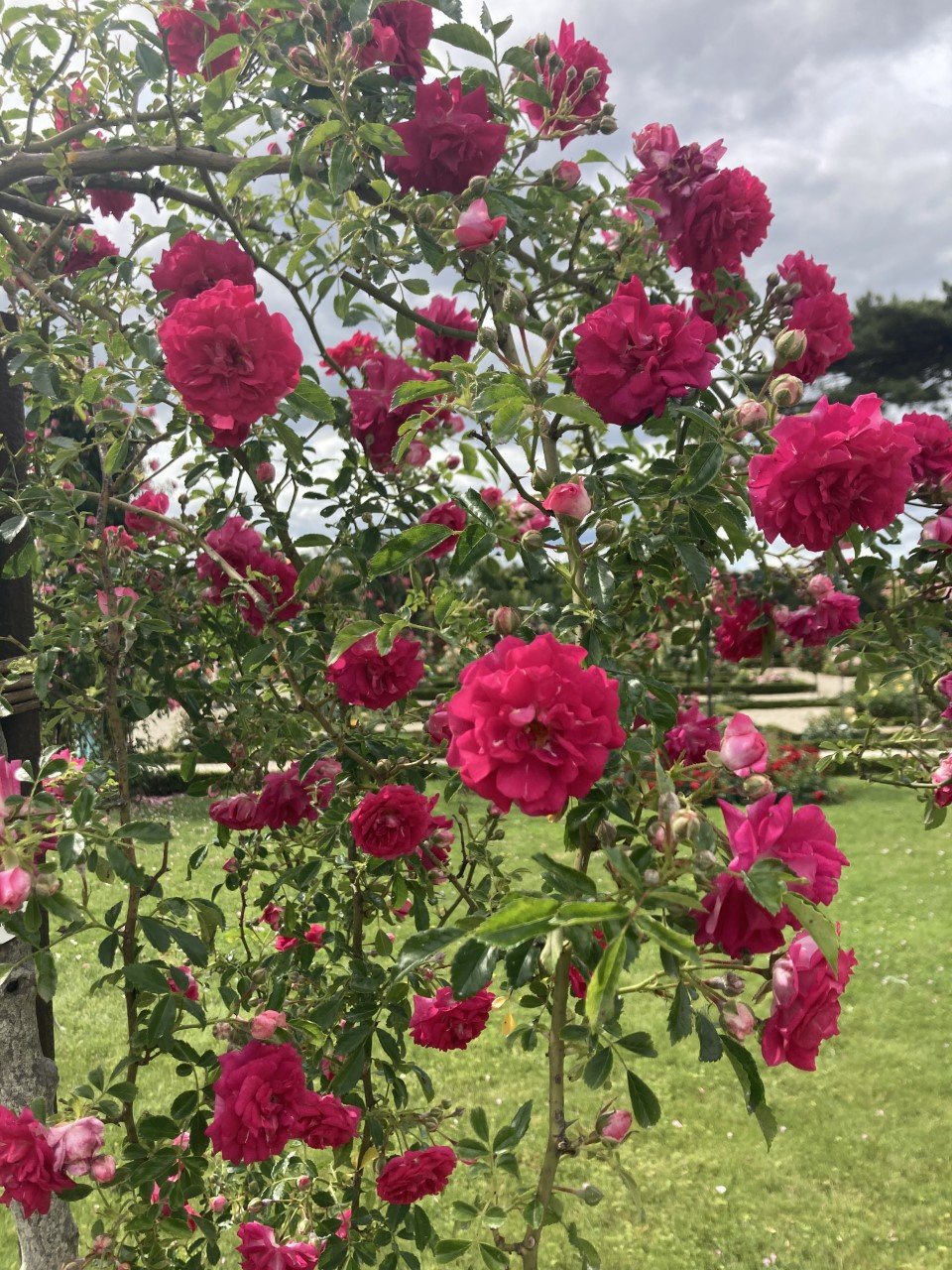
‘Coronation’, Turner Nurseries, 1911
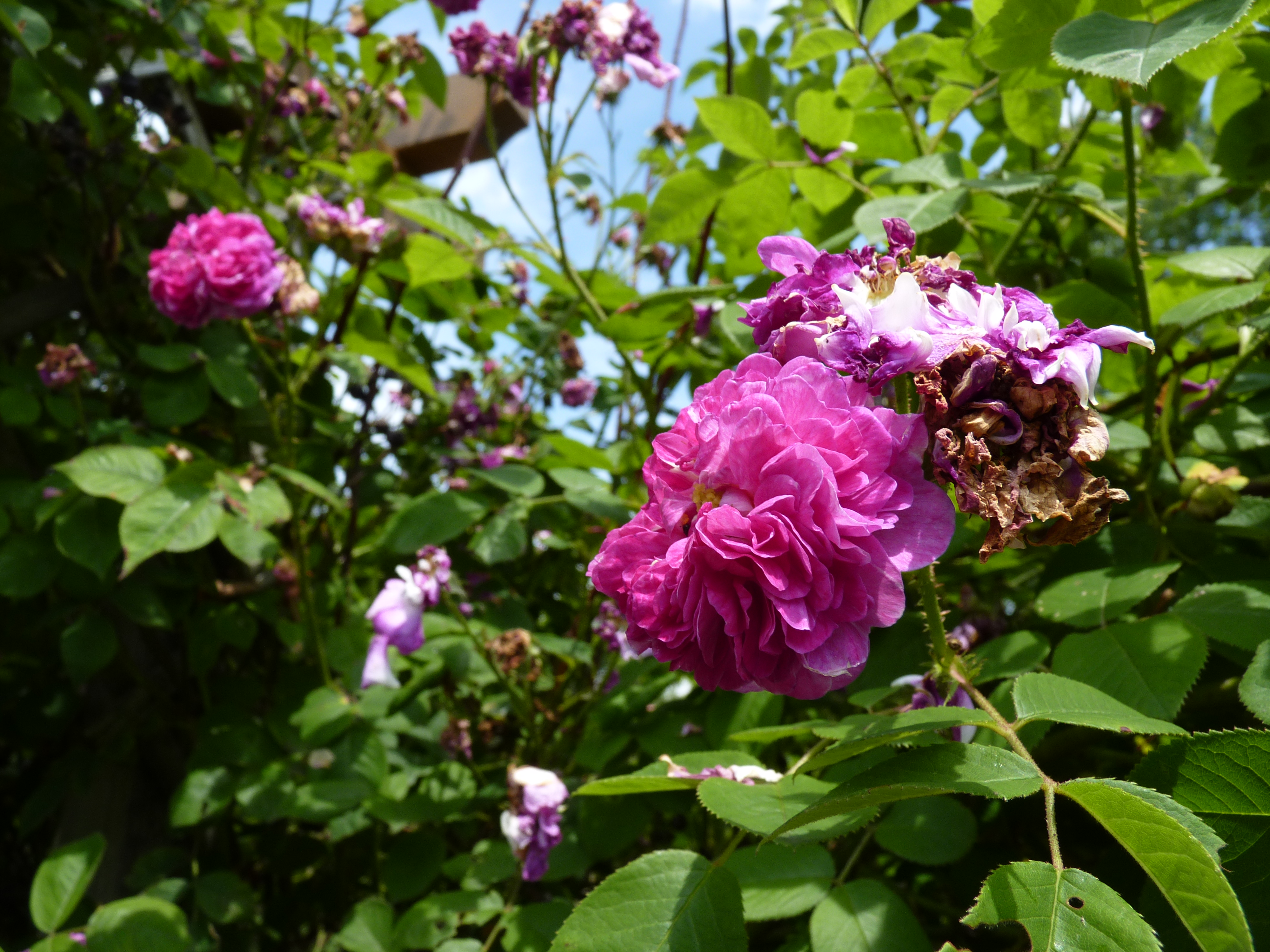
‘Corporal Johann Nagy’, Geschwind, 1890
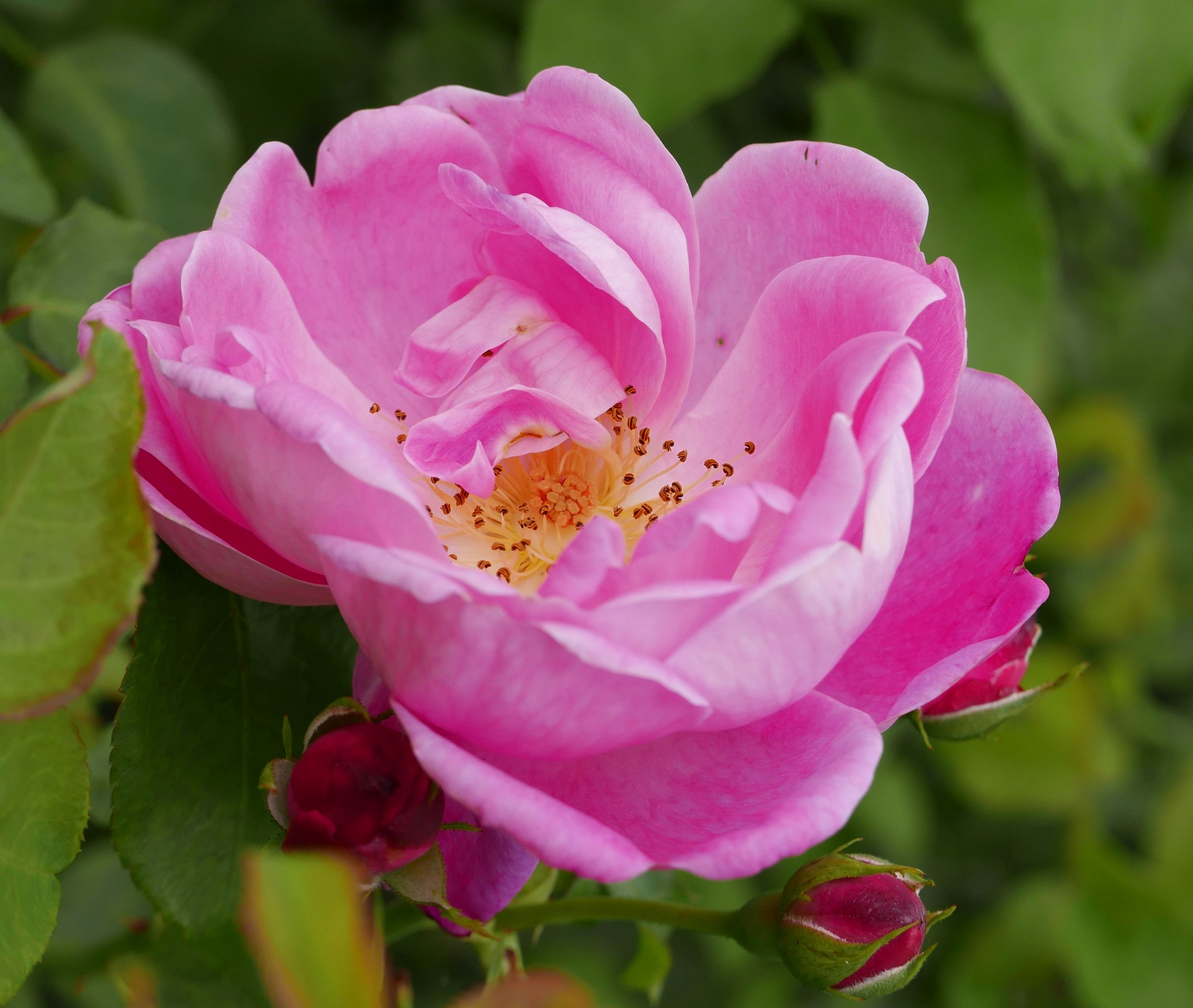
‘Corvedale’, Austin, 2001
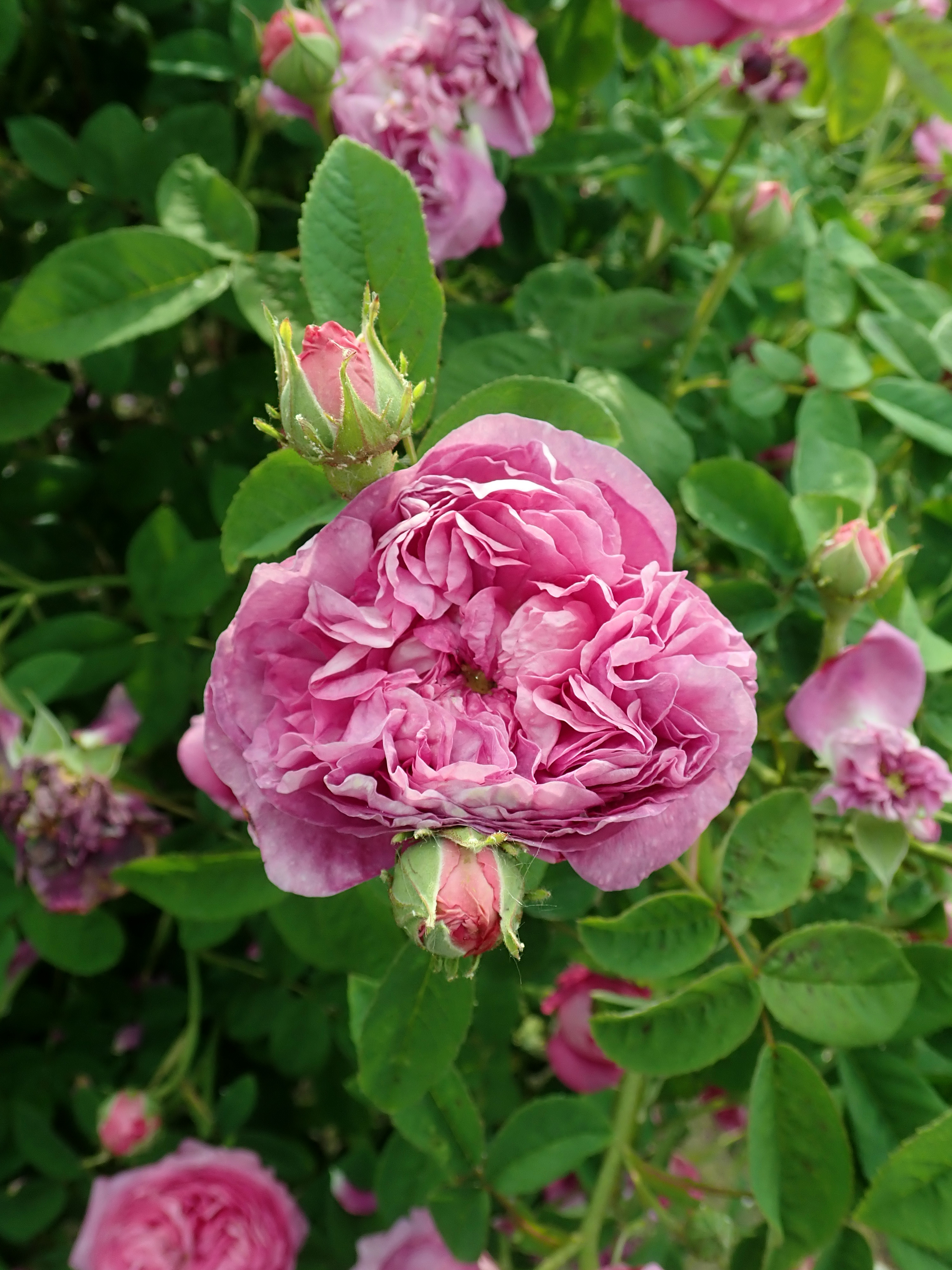
‘Cosimo Ridolfi’, Vibert, 1842
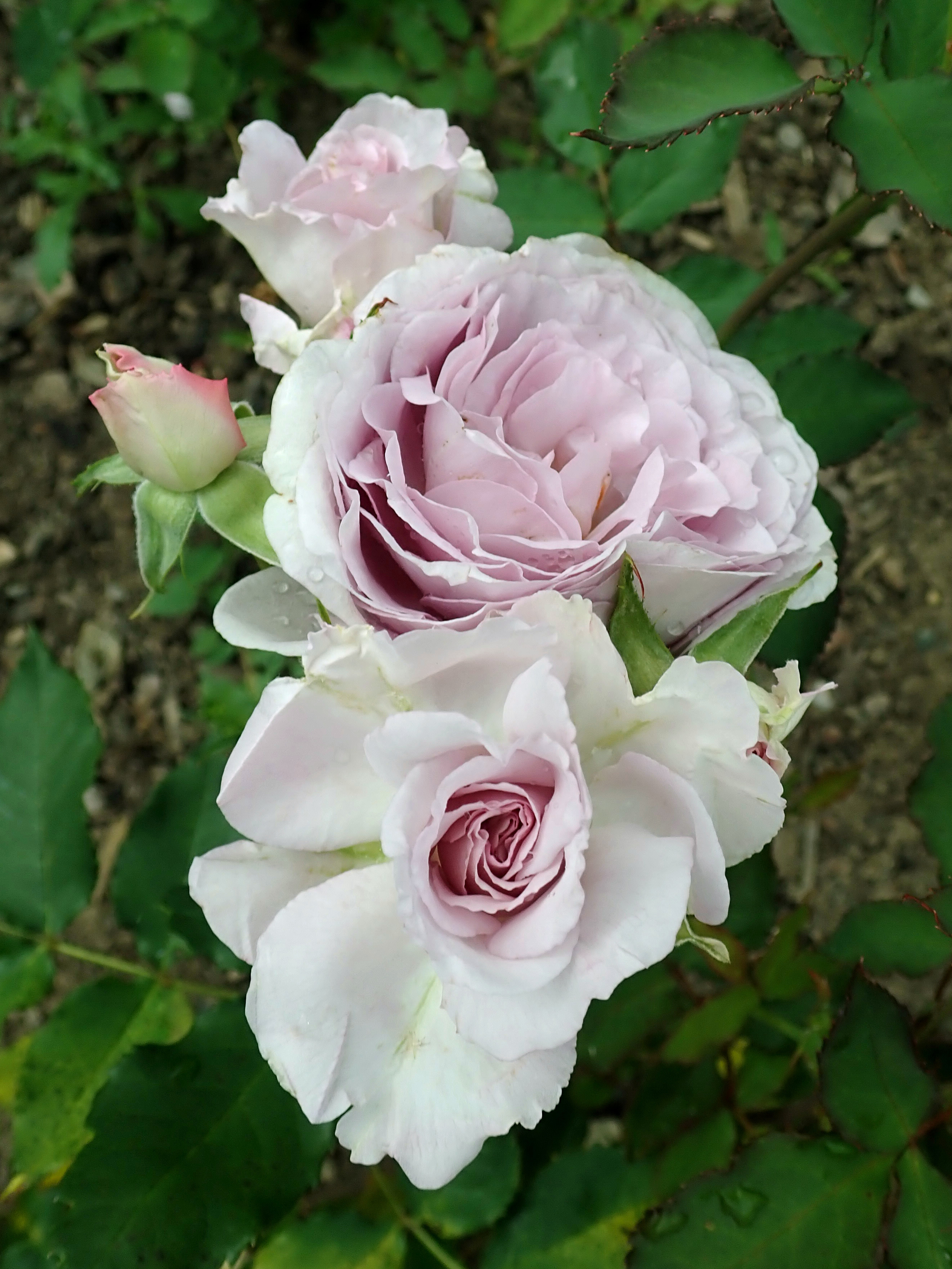
‘Cotillion’ (auch ‘Bonnie Babes’, Perfume Perfection’), Keith W. Zary, 1999
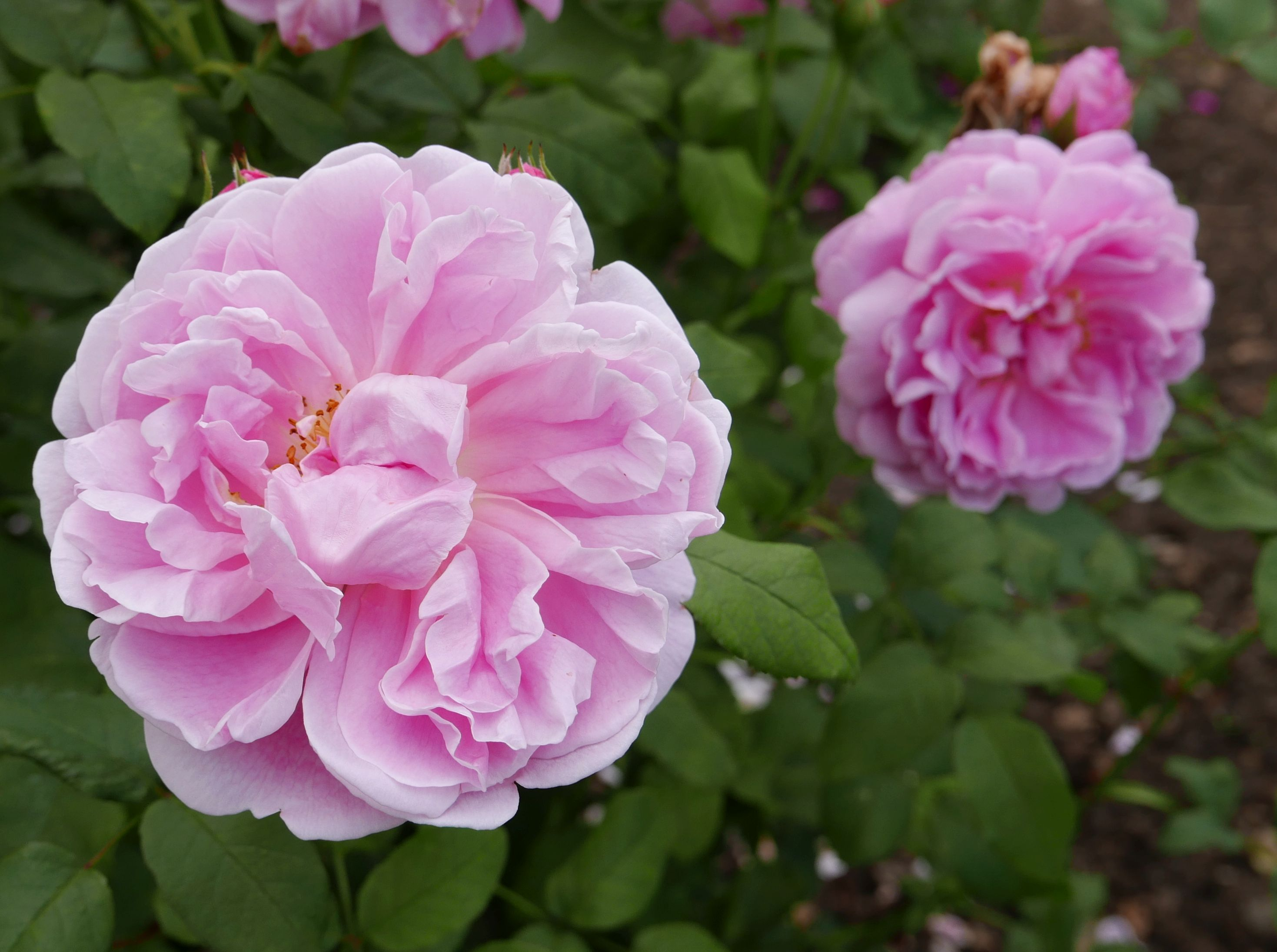
‘Cottage Rose’, Austin, 1991
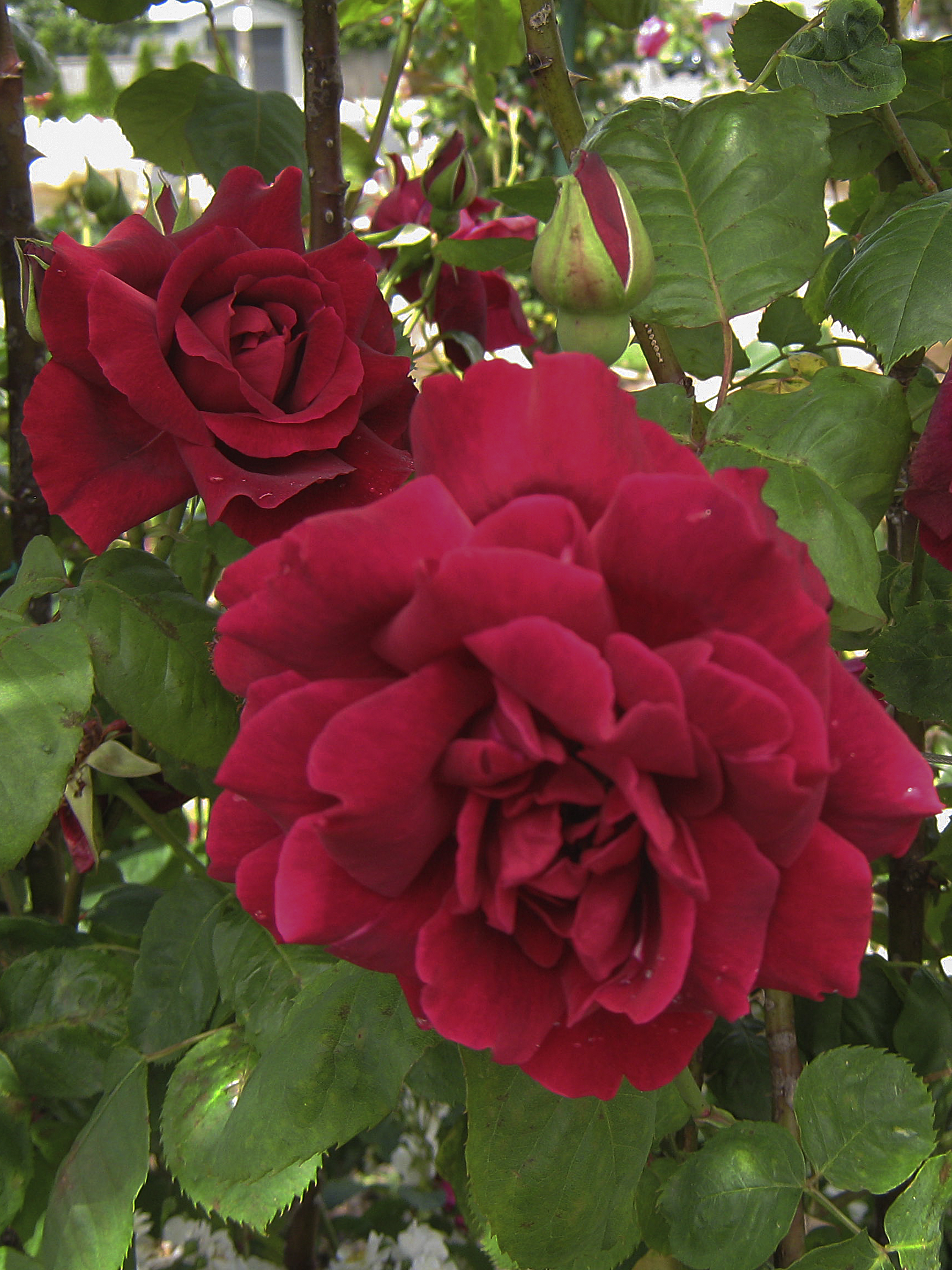
‘Countess of Stradbroke’, Alister Clark, 1928
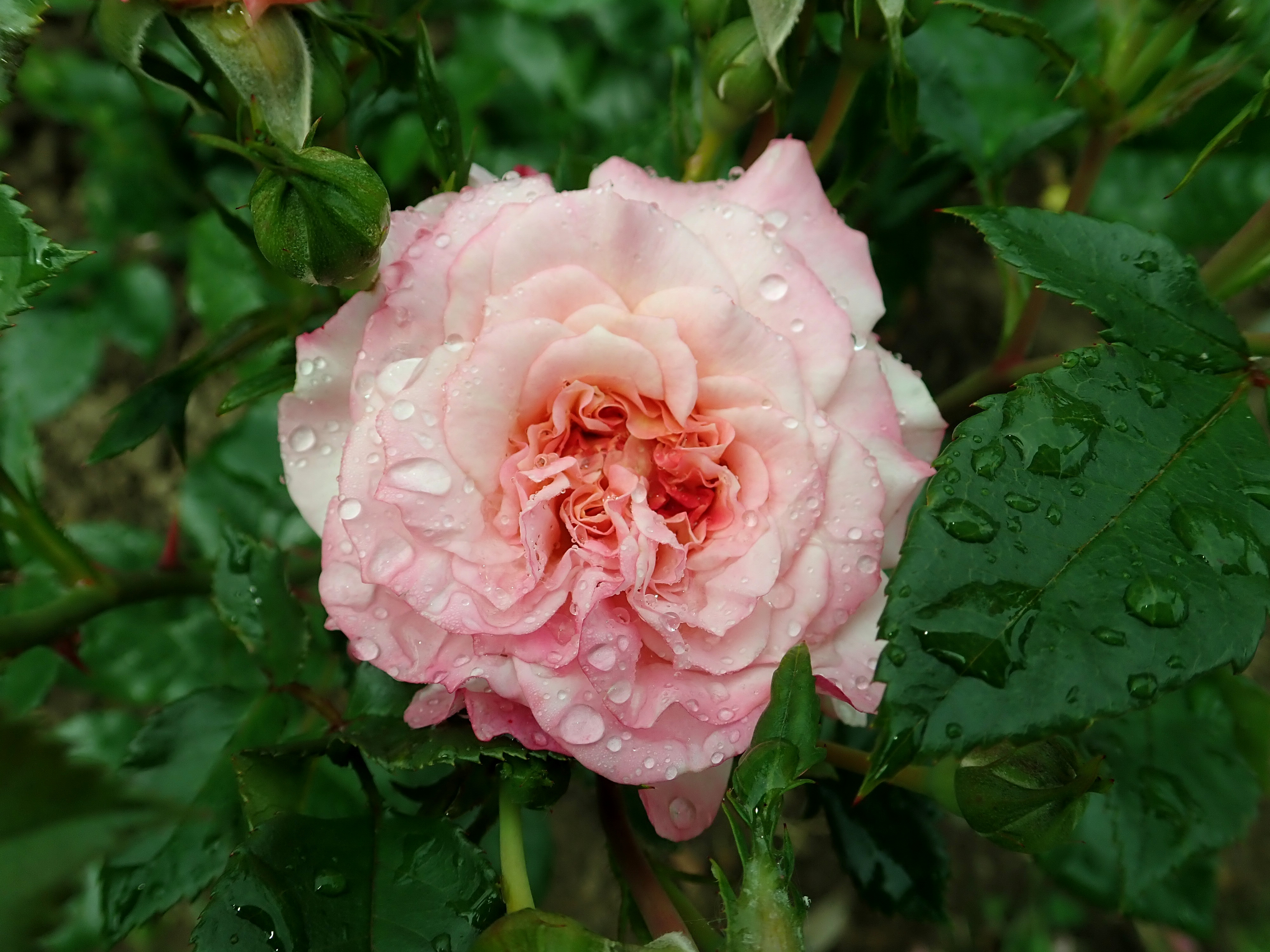
‘Country Girl’, Evers/Tantau, 2014
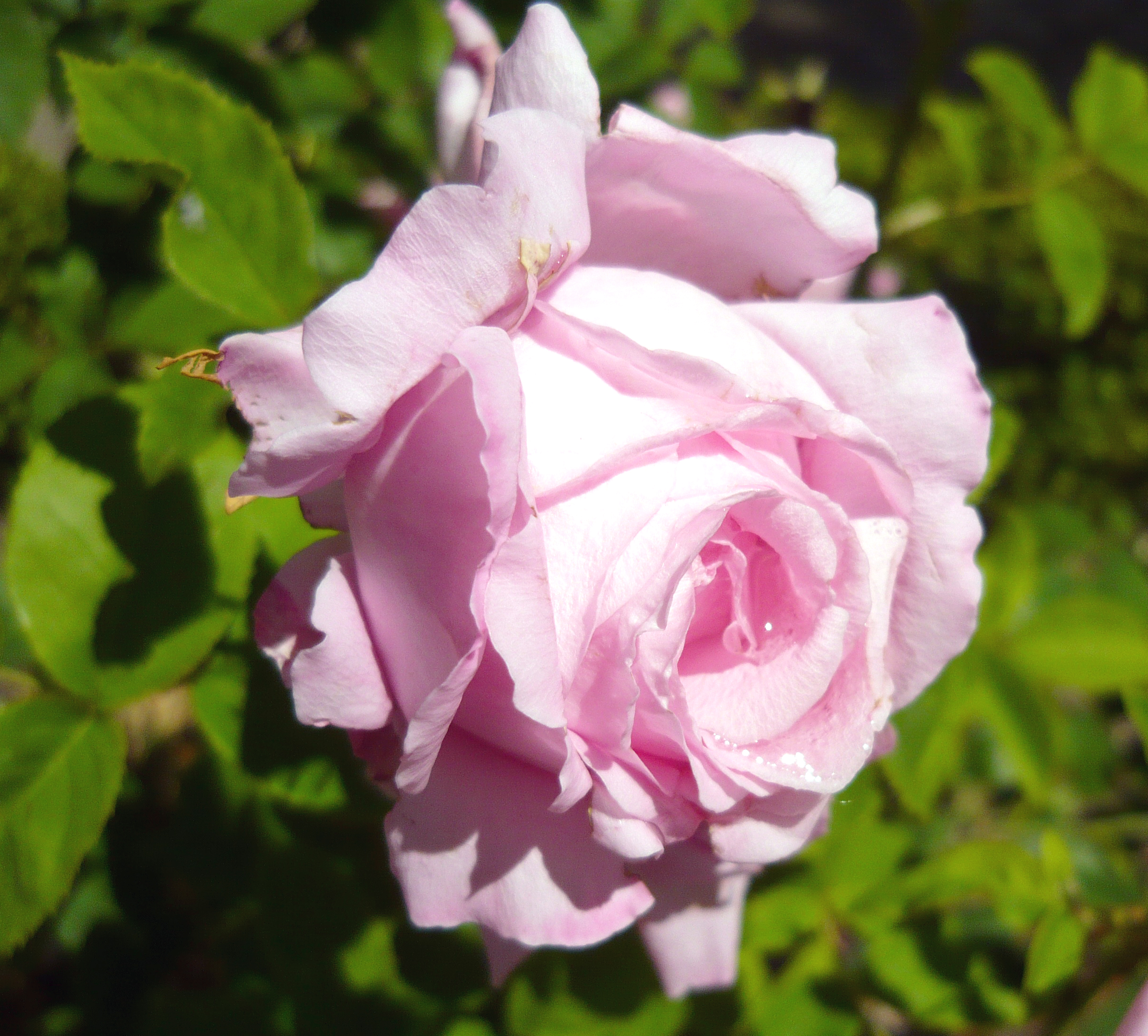
‘Coupe d’Hébé’, Laffay, 1840
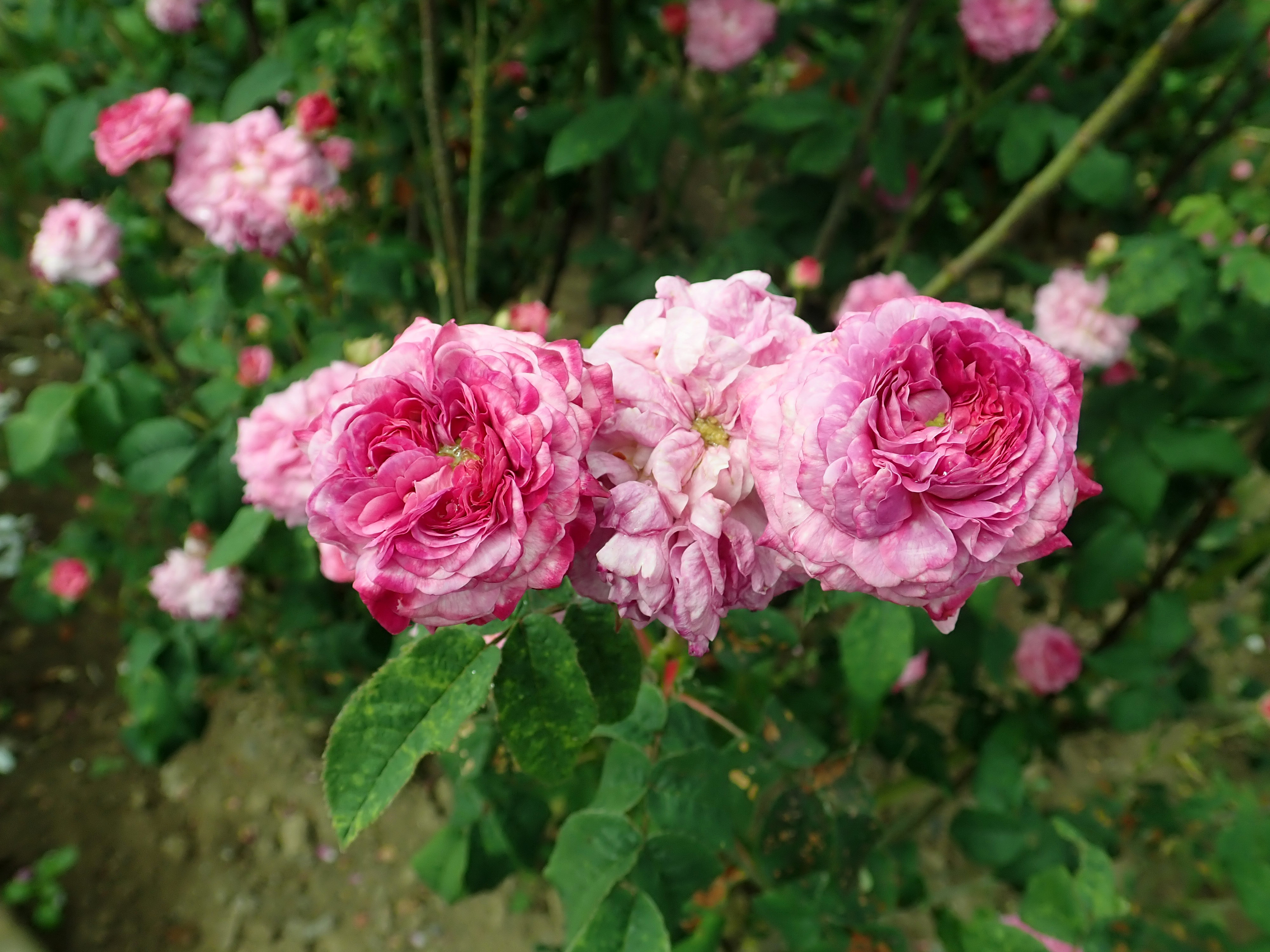
‘Cramoisi Picoté’, Vibert, 1834
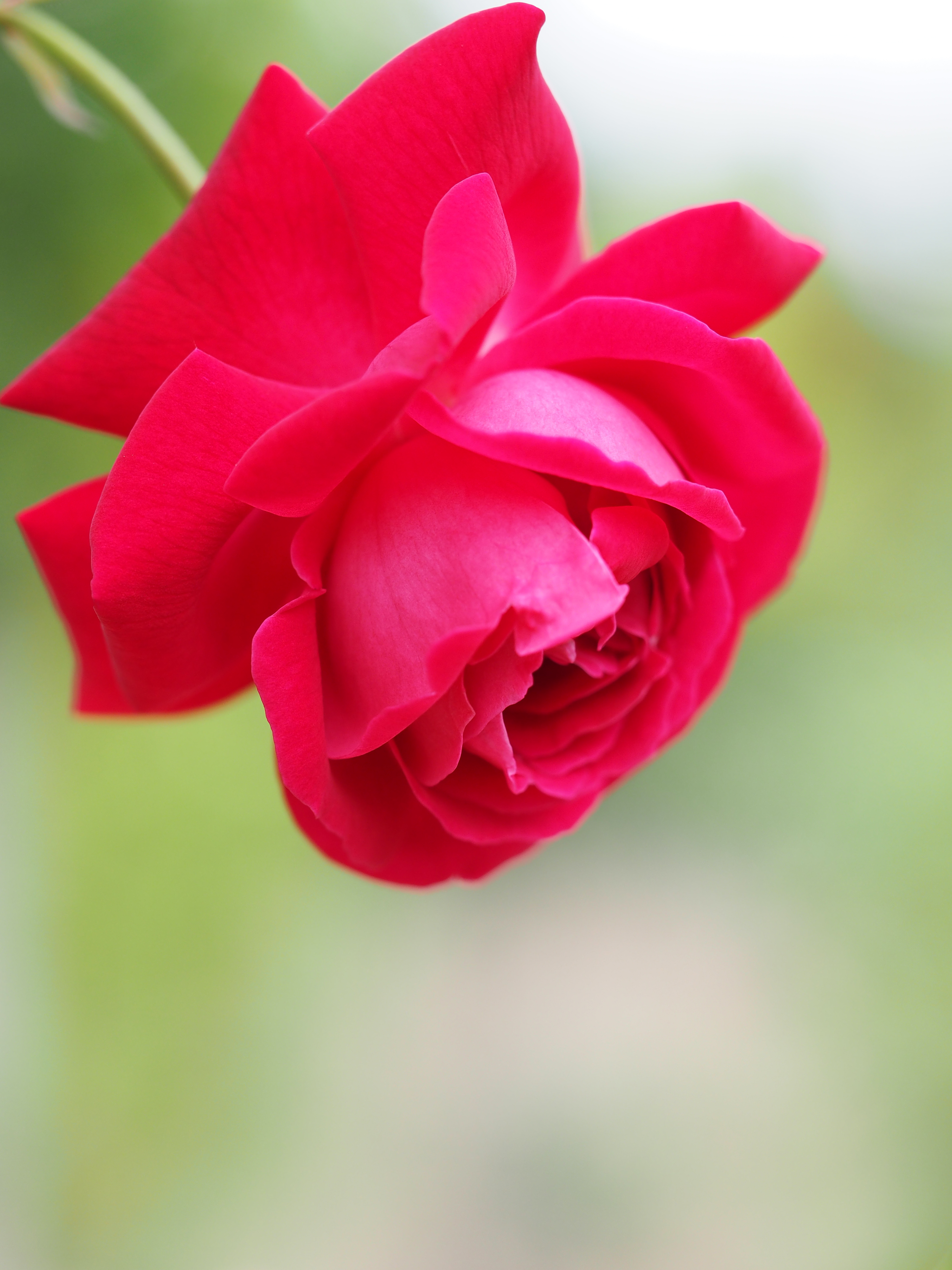
‘Cramoisi Supérieur’, Paillet, 1834
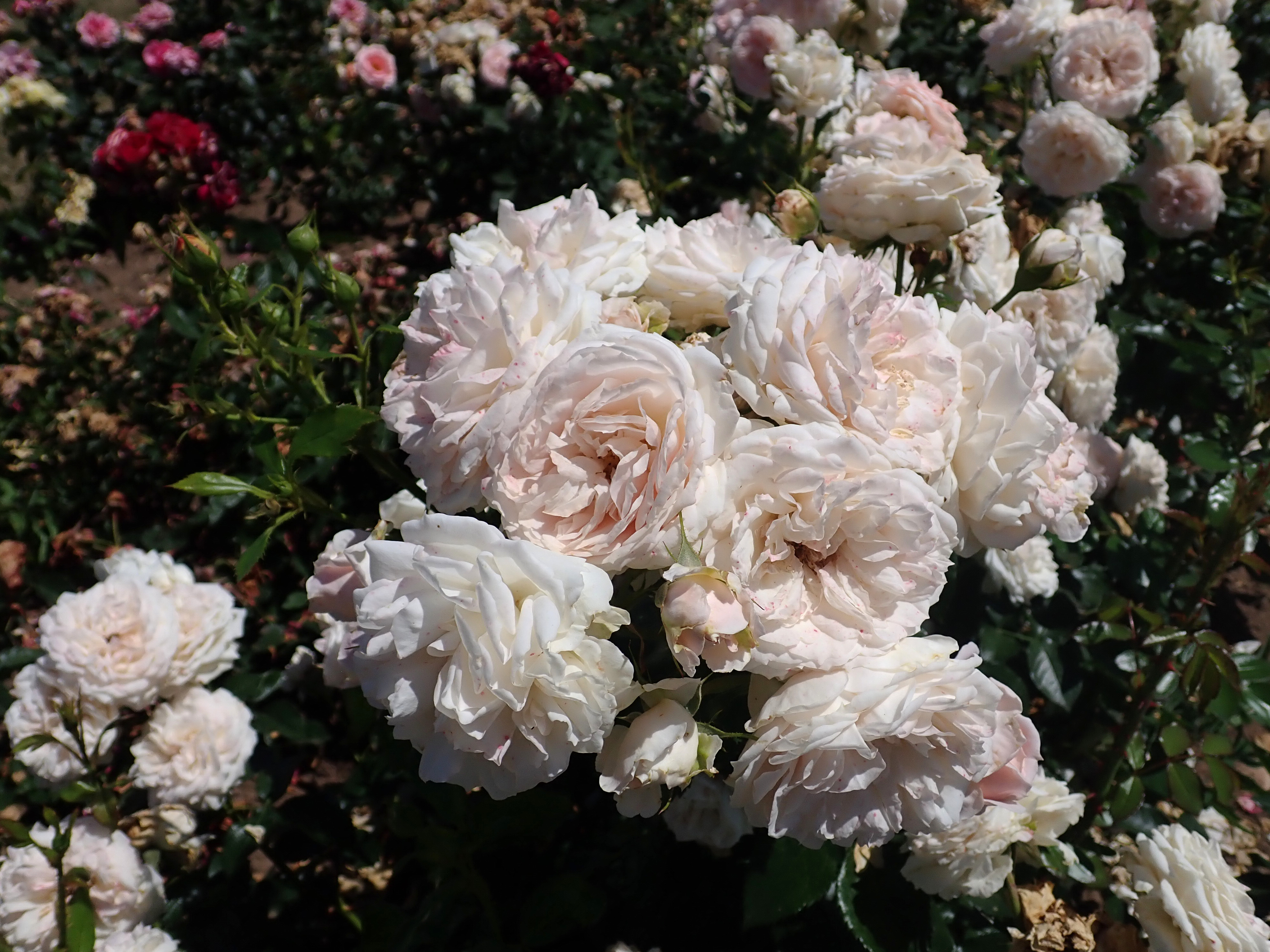
‘Cremosa’, Tantau, 2004
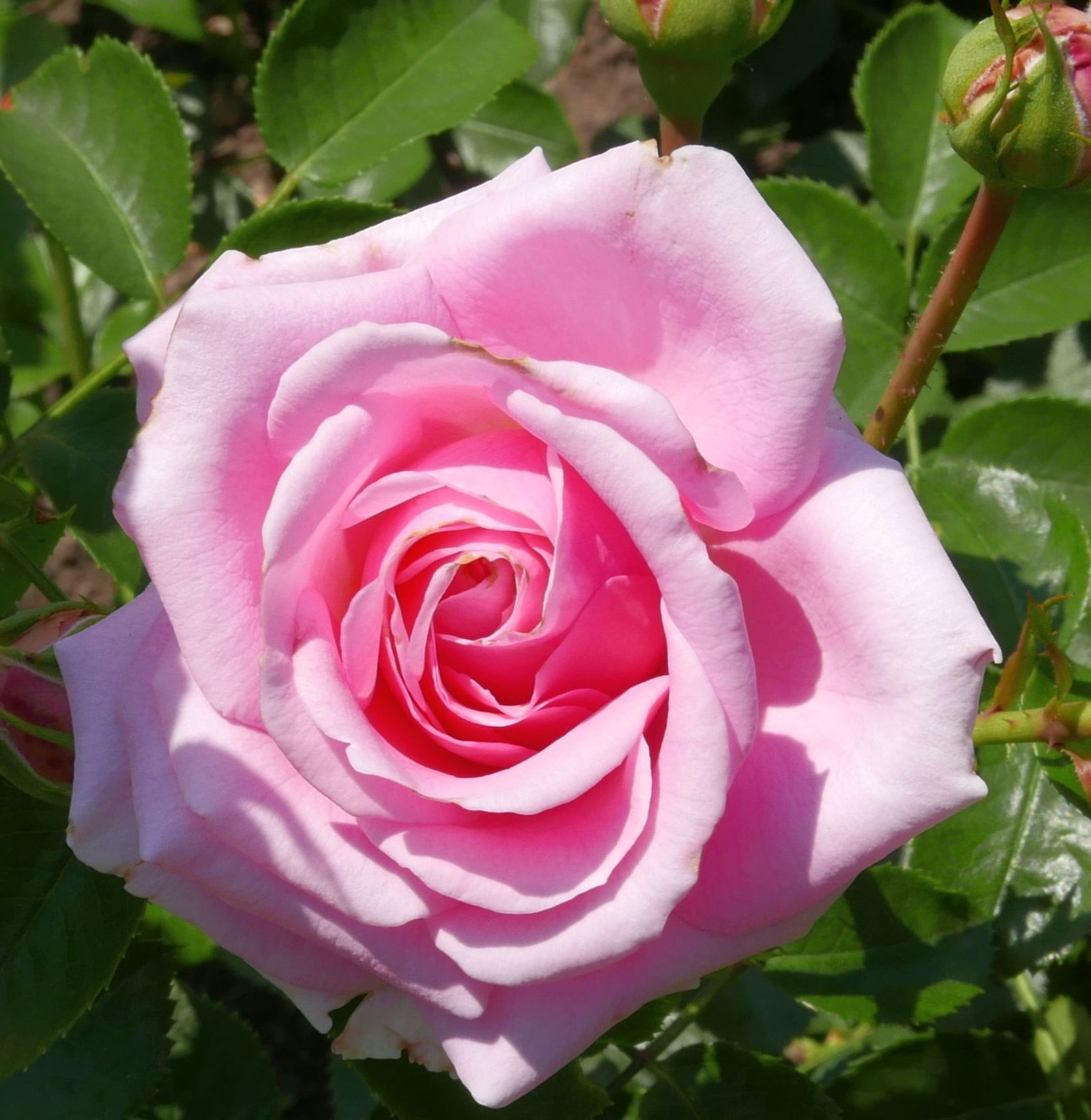
‘Crescendo’, Noack, 2003
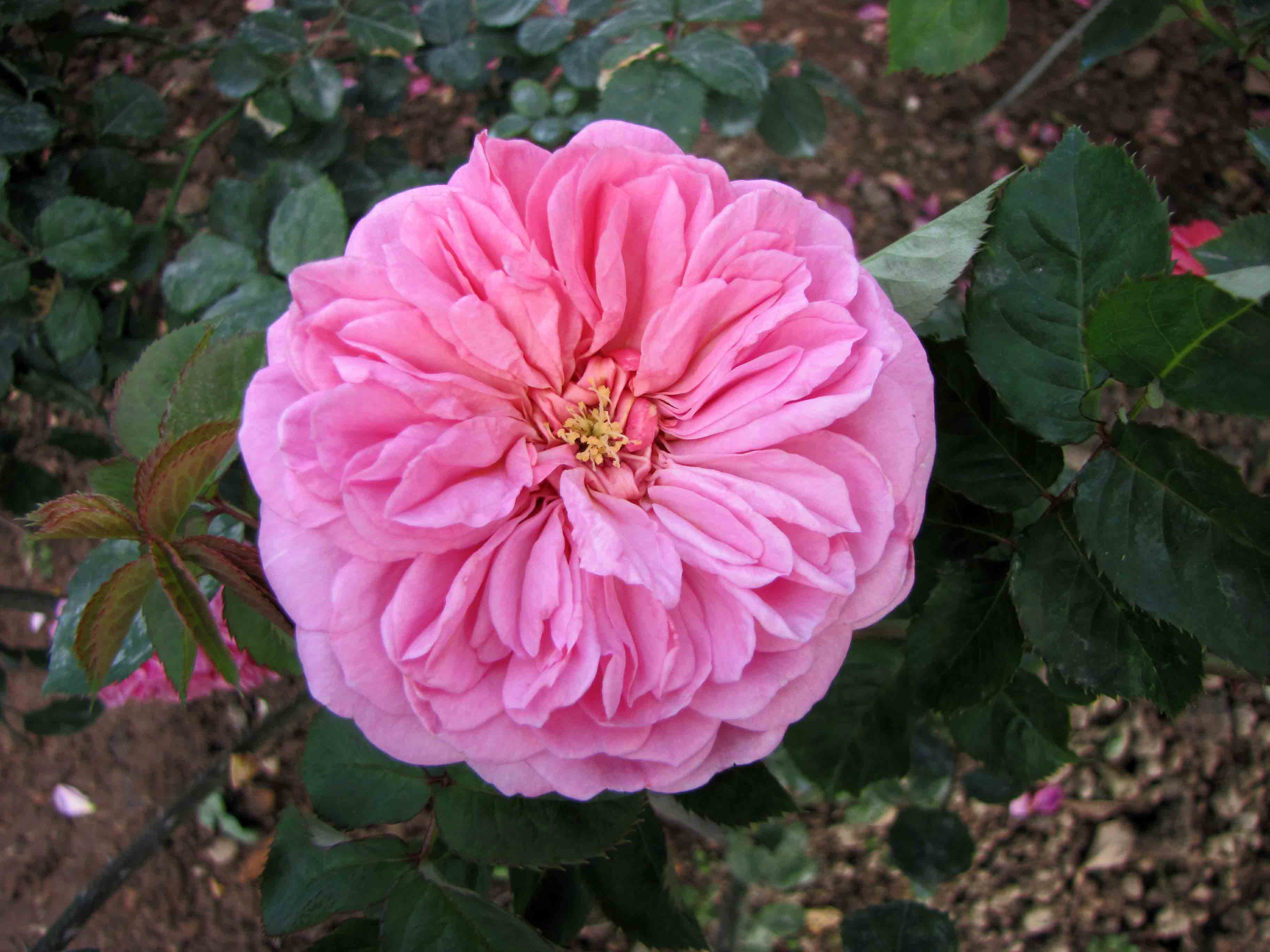
‘Crested Sweetheart’, Ralph S. Moore, 1988
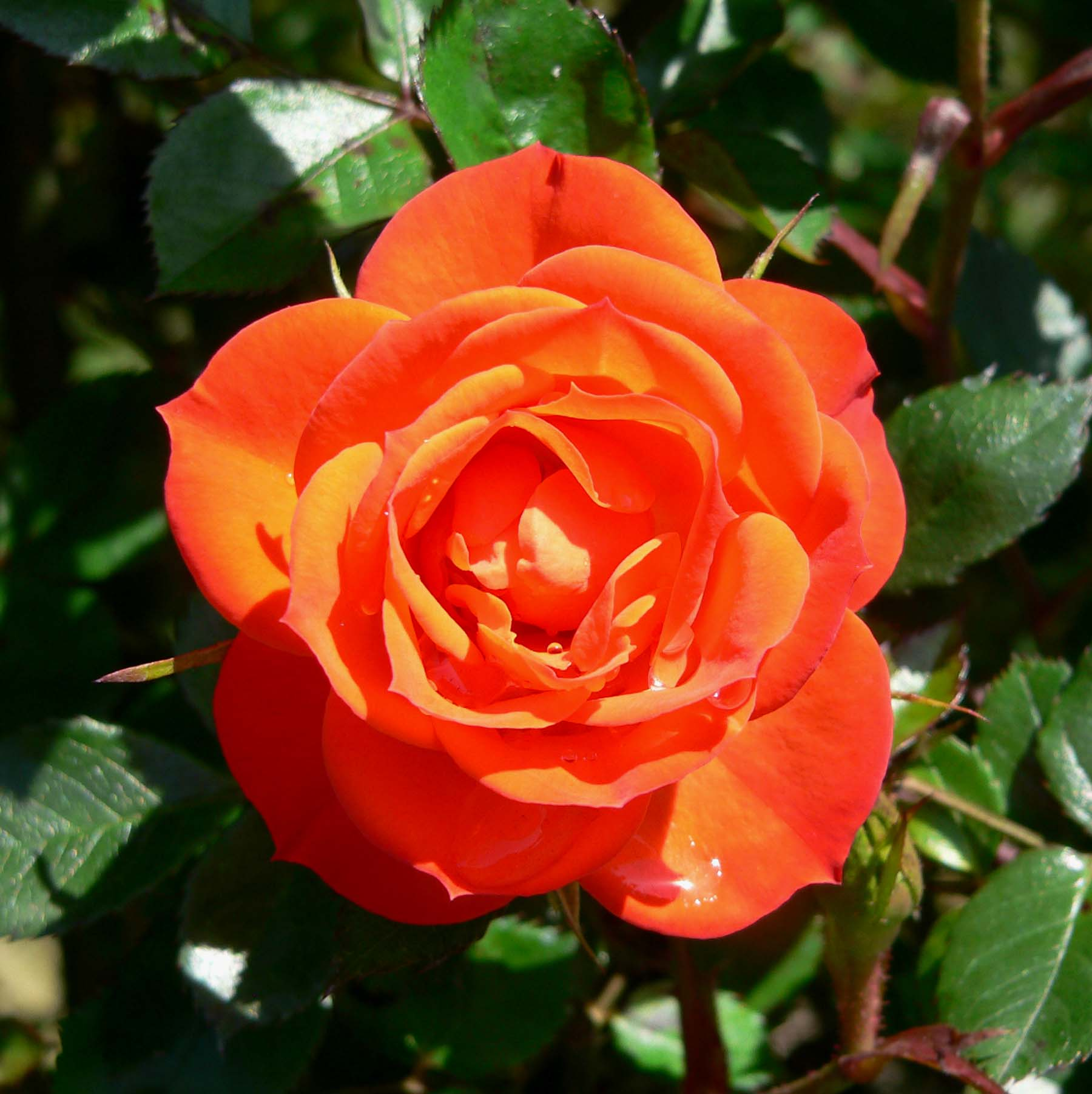
‘Cricket’, Christensen, 1978
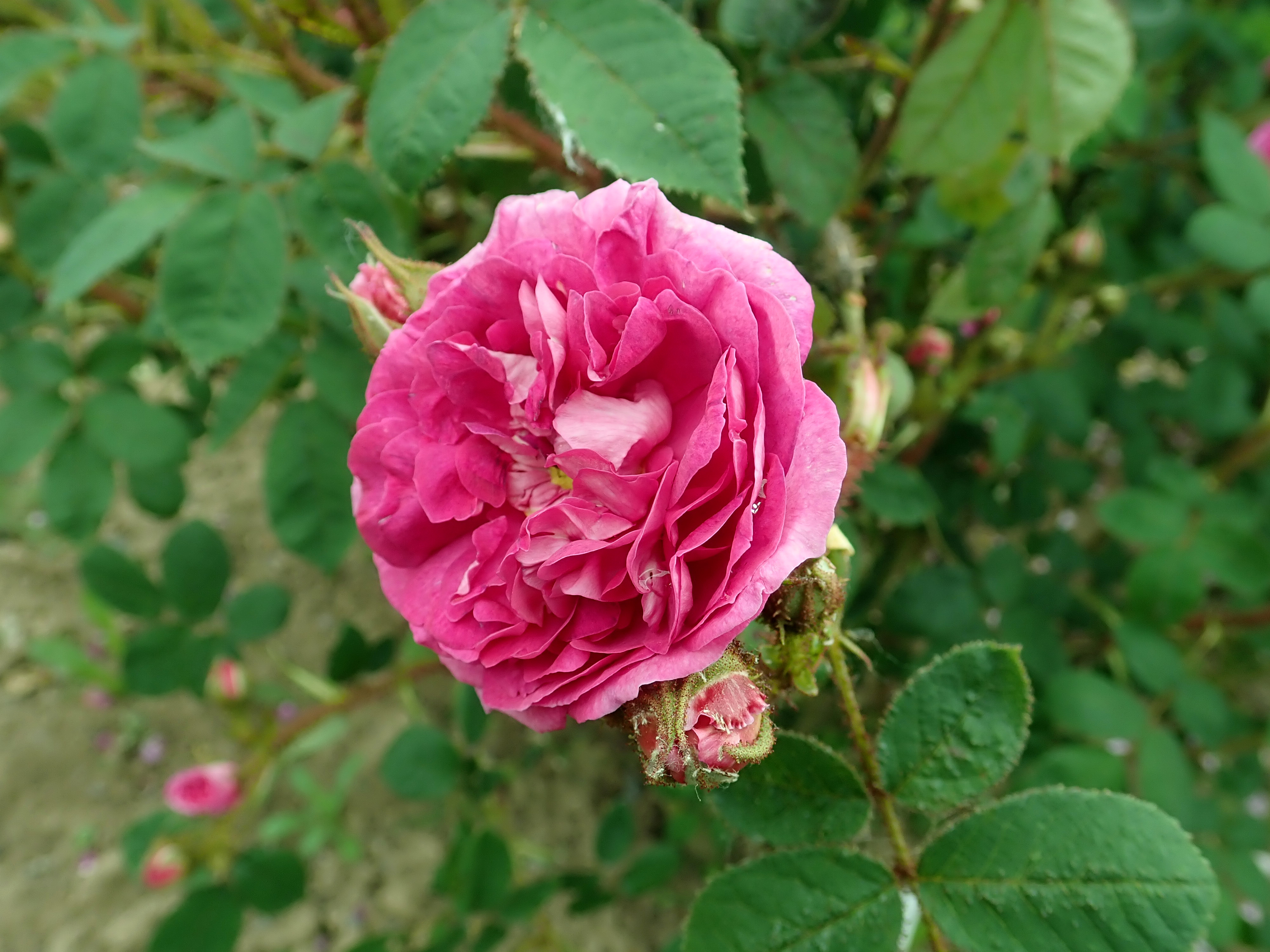
‘Crimson Globe’, William Paul, 1890
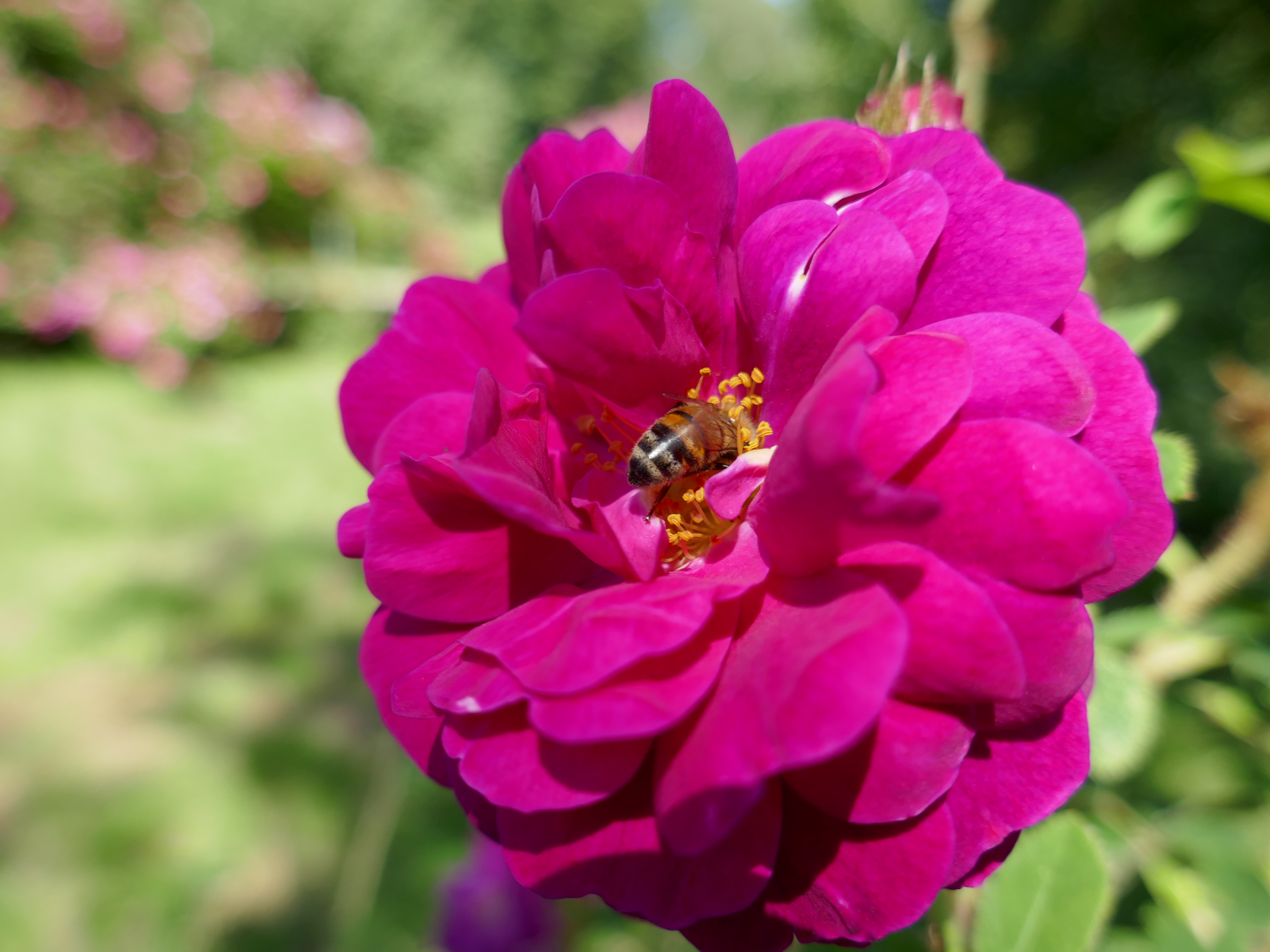
‘Crimson Moss’, unbekannt, < 1820
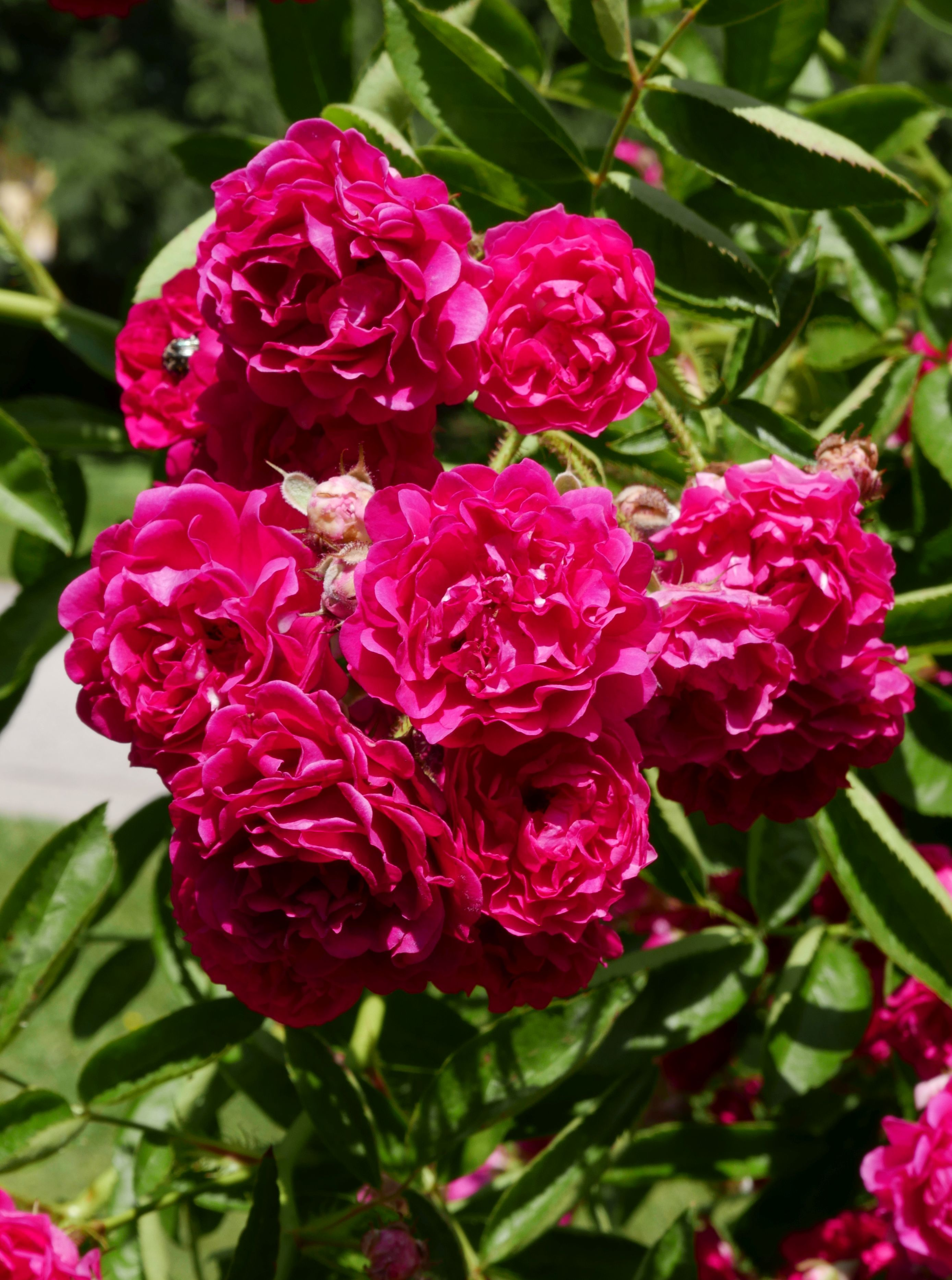
‘Crimson Rambler’, Turner, 1894
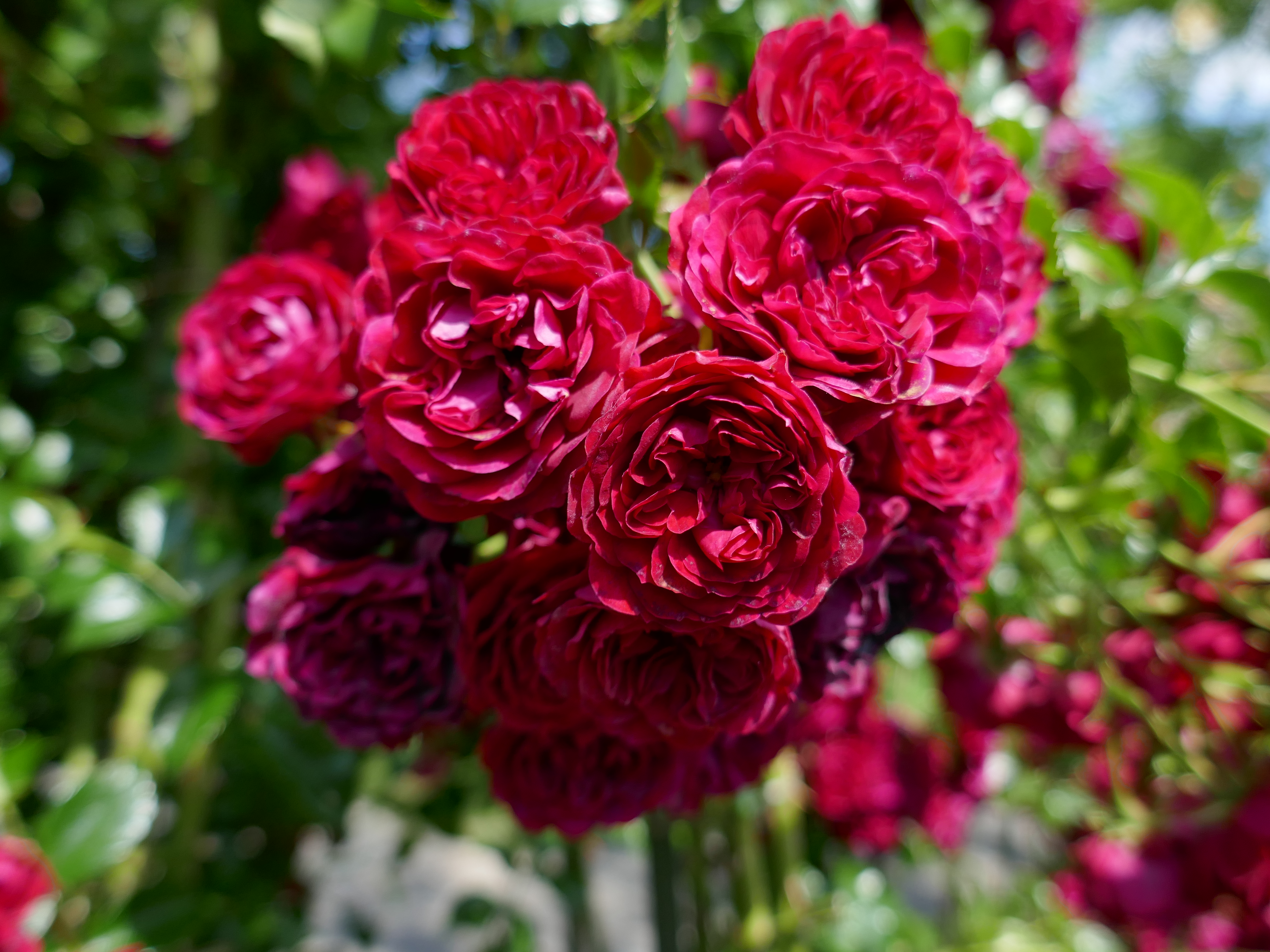
‘Crimson Siluetta’, Kordes, 2019
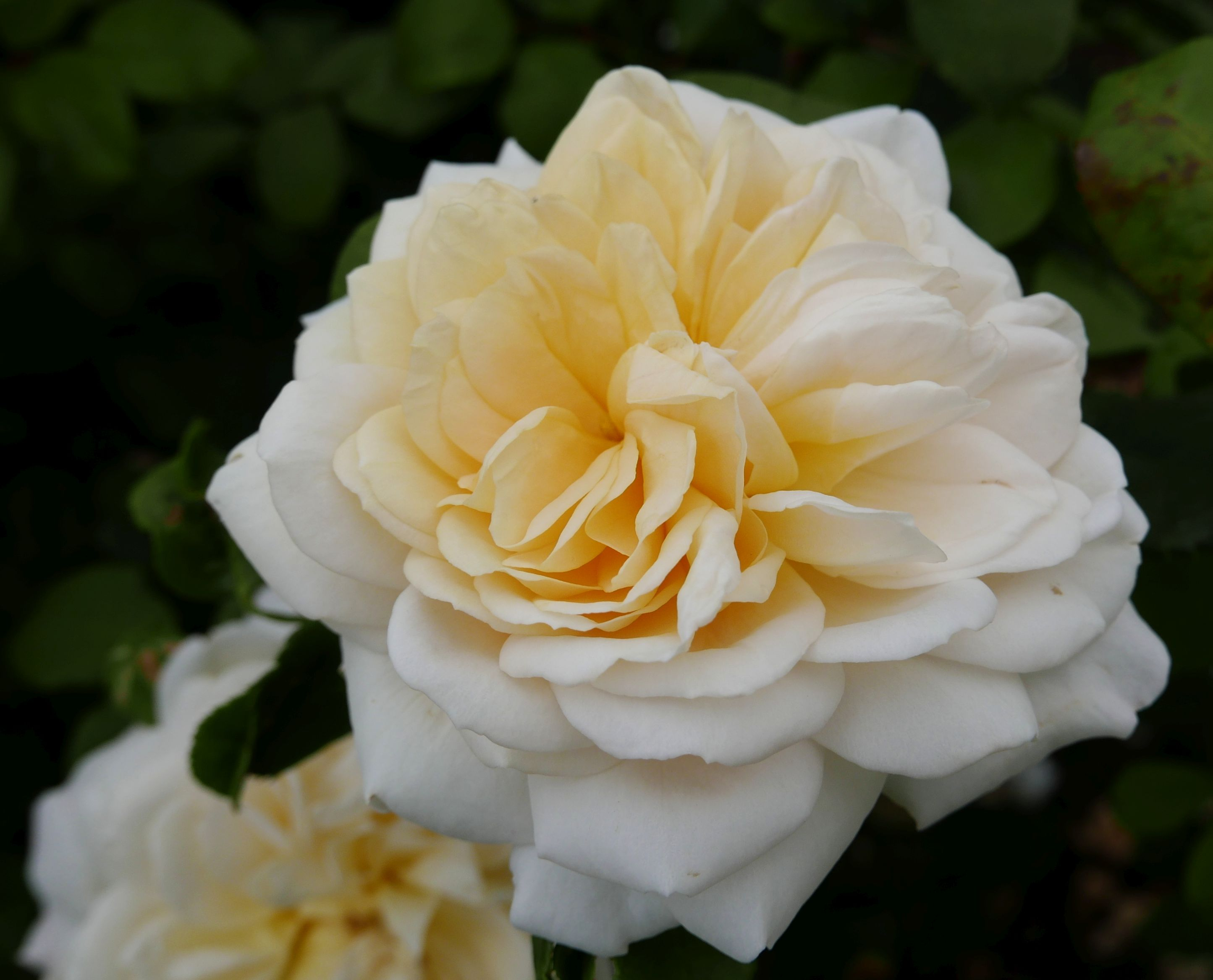
‘Crocus Rose’, Austin, 2000
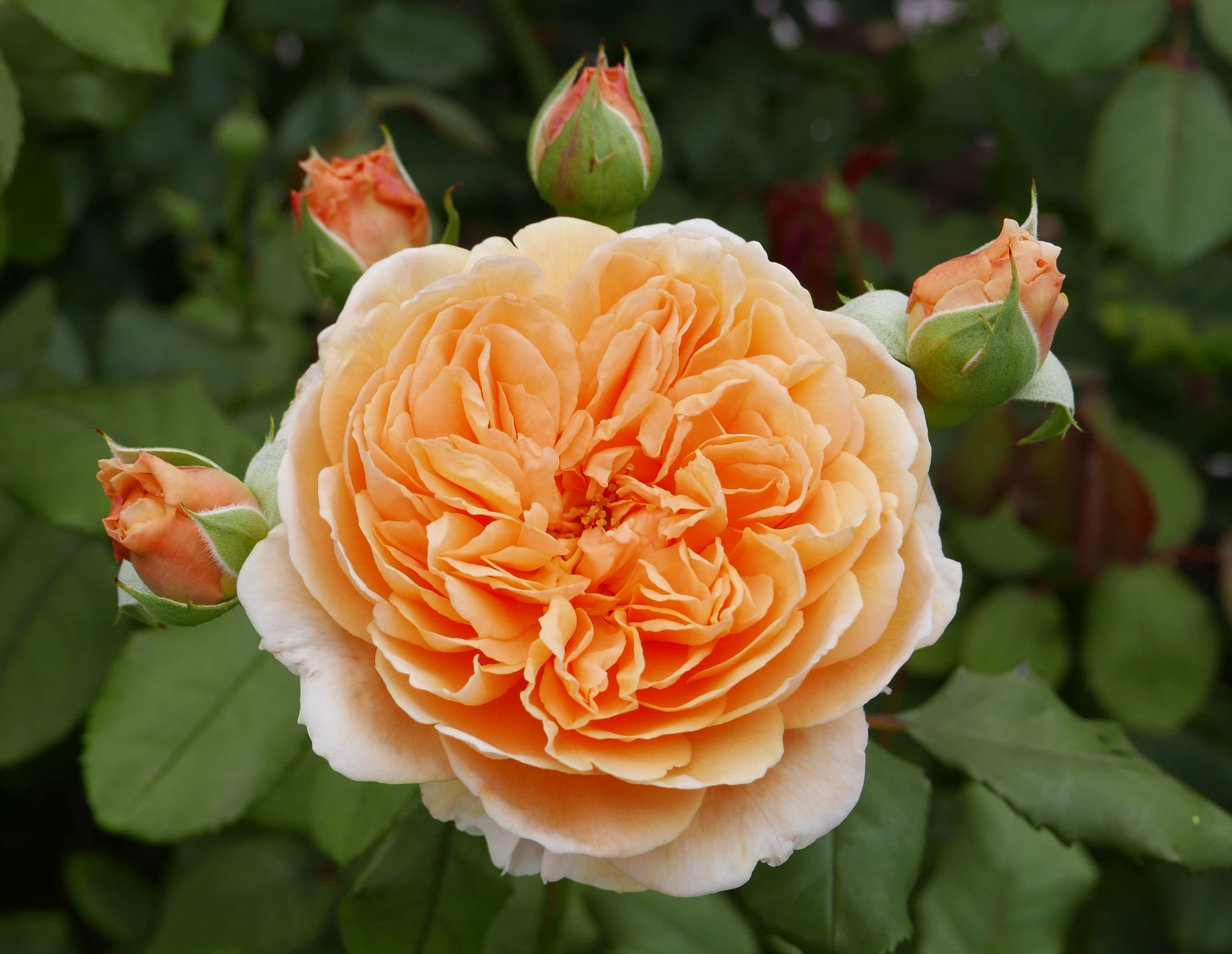
‘Crown Princess Margareta’, Austin, 1999
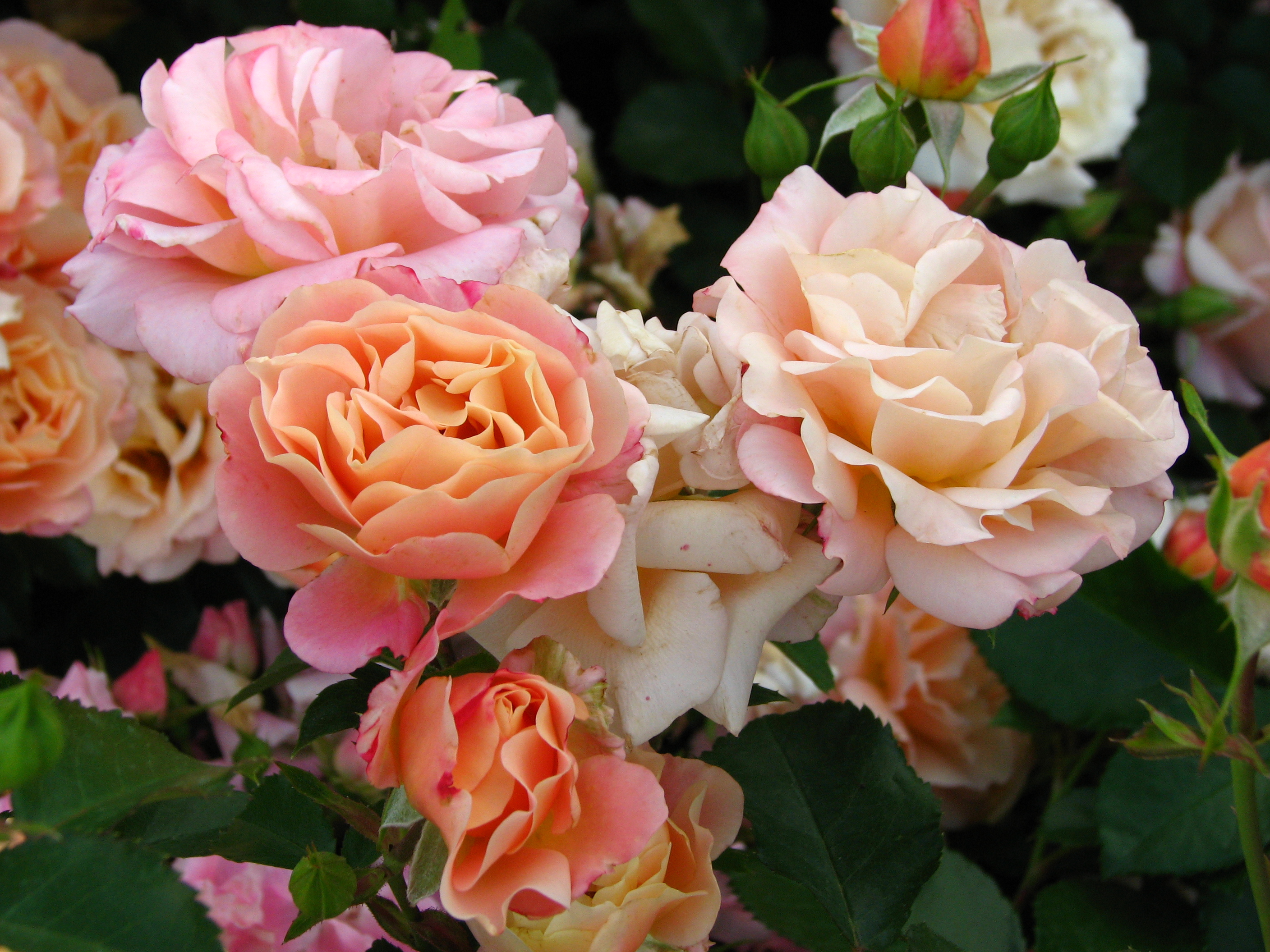
‘Cubana’, Kordes, 2001
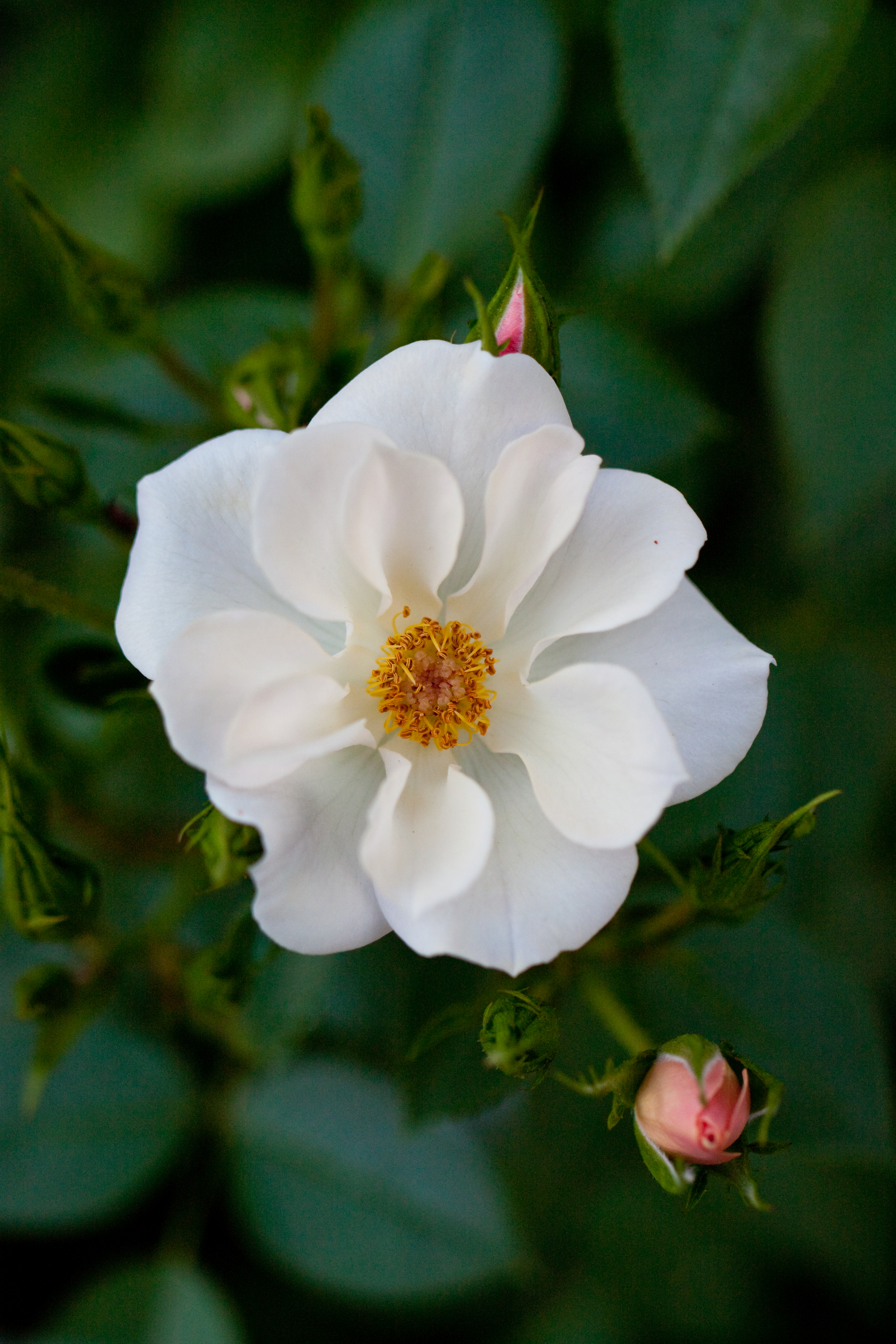
‘Cupid in the Garden’, Colin Dickson, 1996
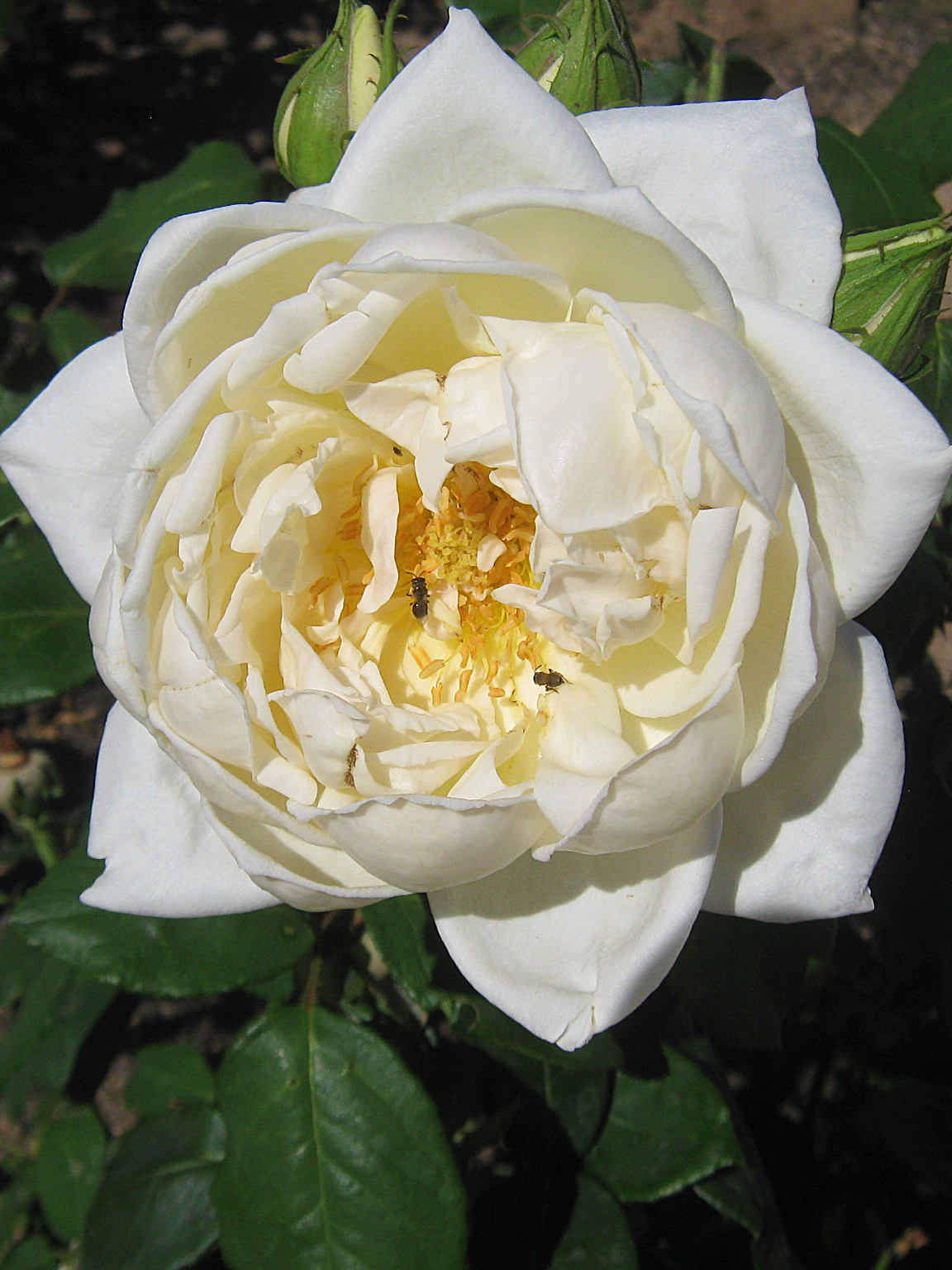
‘C. W. Ellis’, Alexander Dickson II, 1904
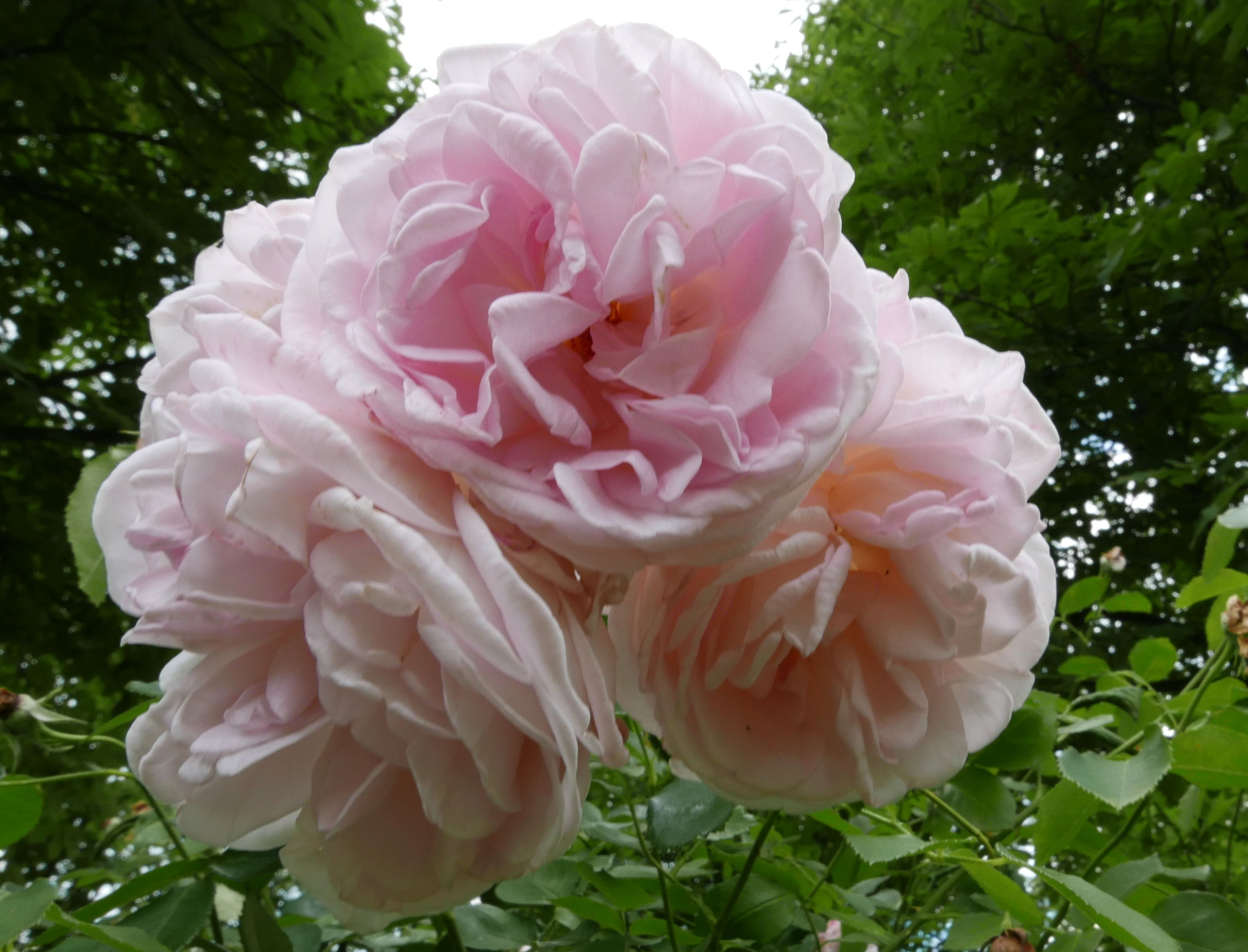
‘Cymbaline’, Austin 1982

## D

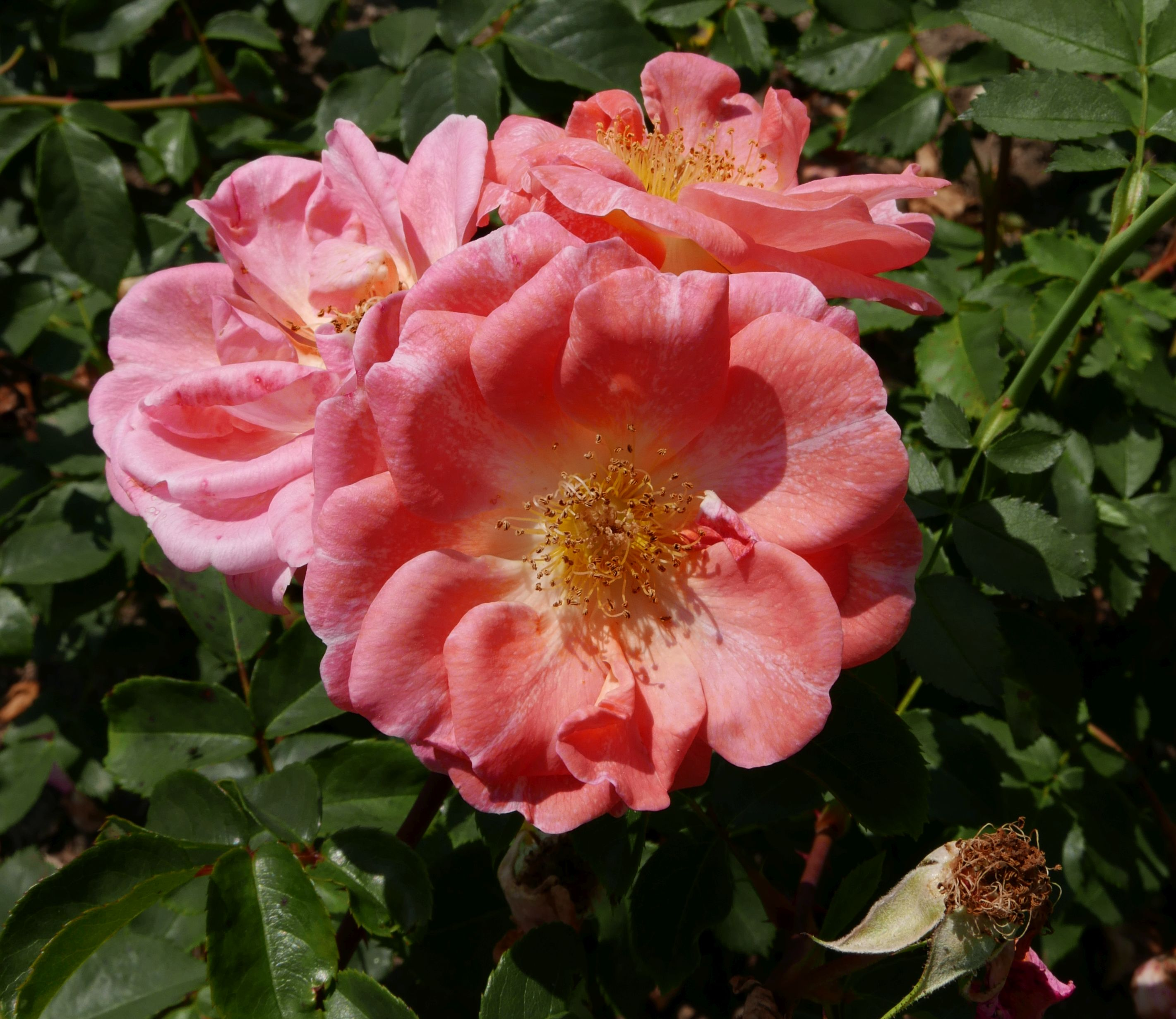
‘Dacapo’, de Ruiter, 1960
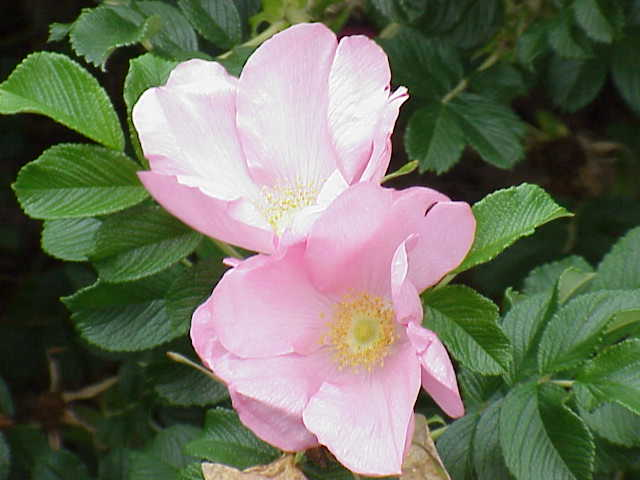
‘Dagmar Hastrup’, Poulsen, 1914
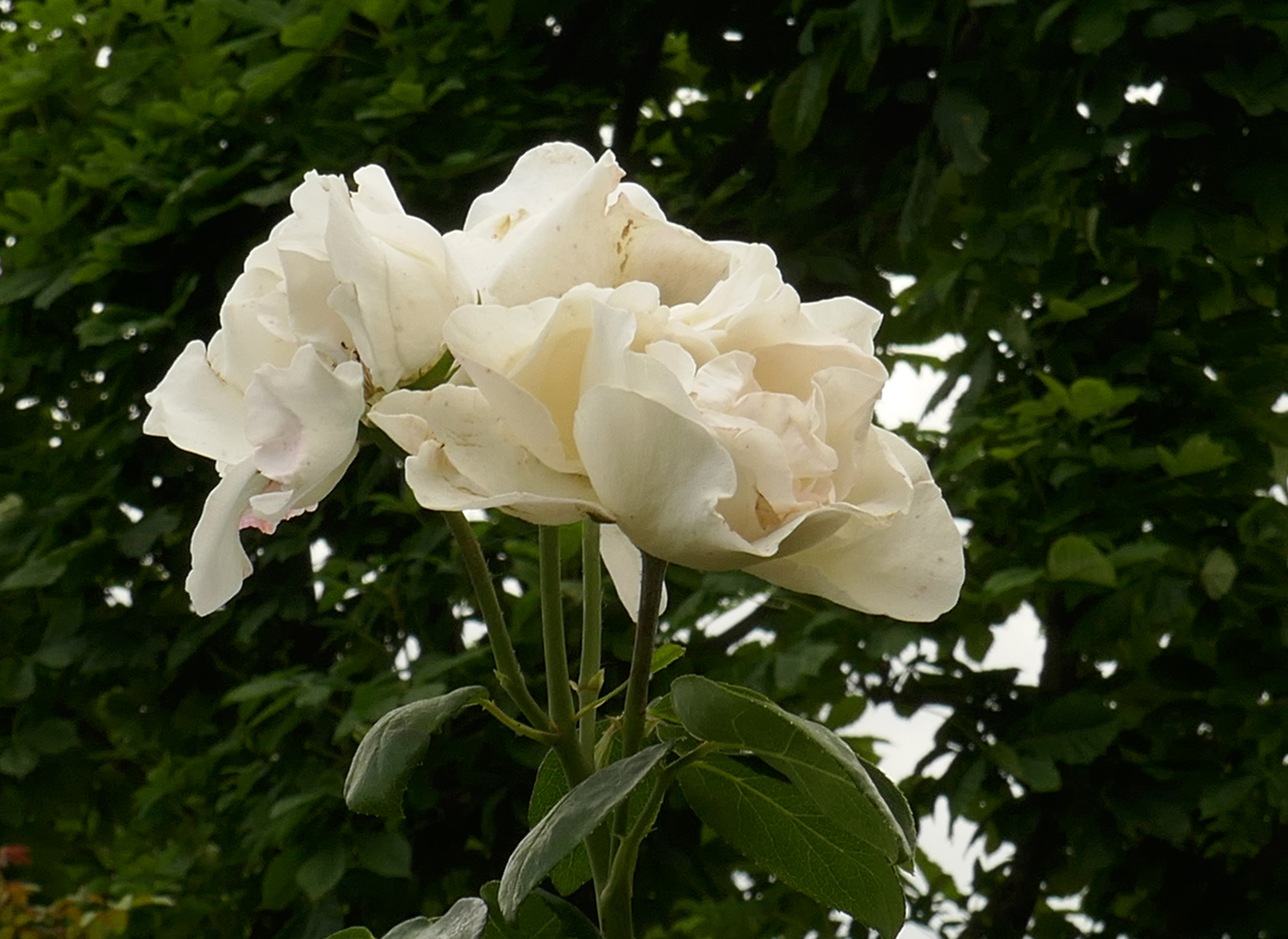
‘Dagmar Kreitzer’, unbekannt
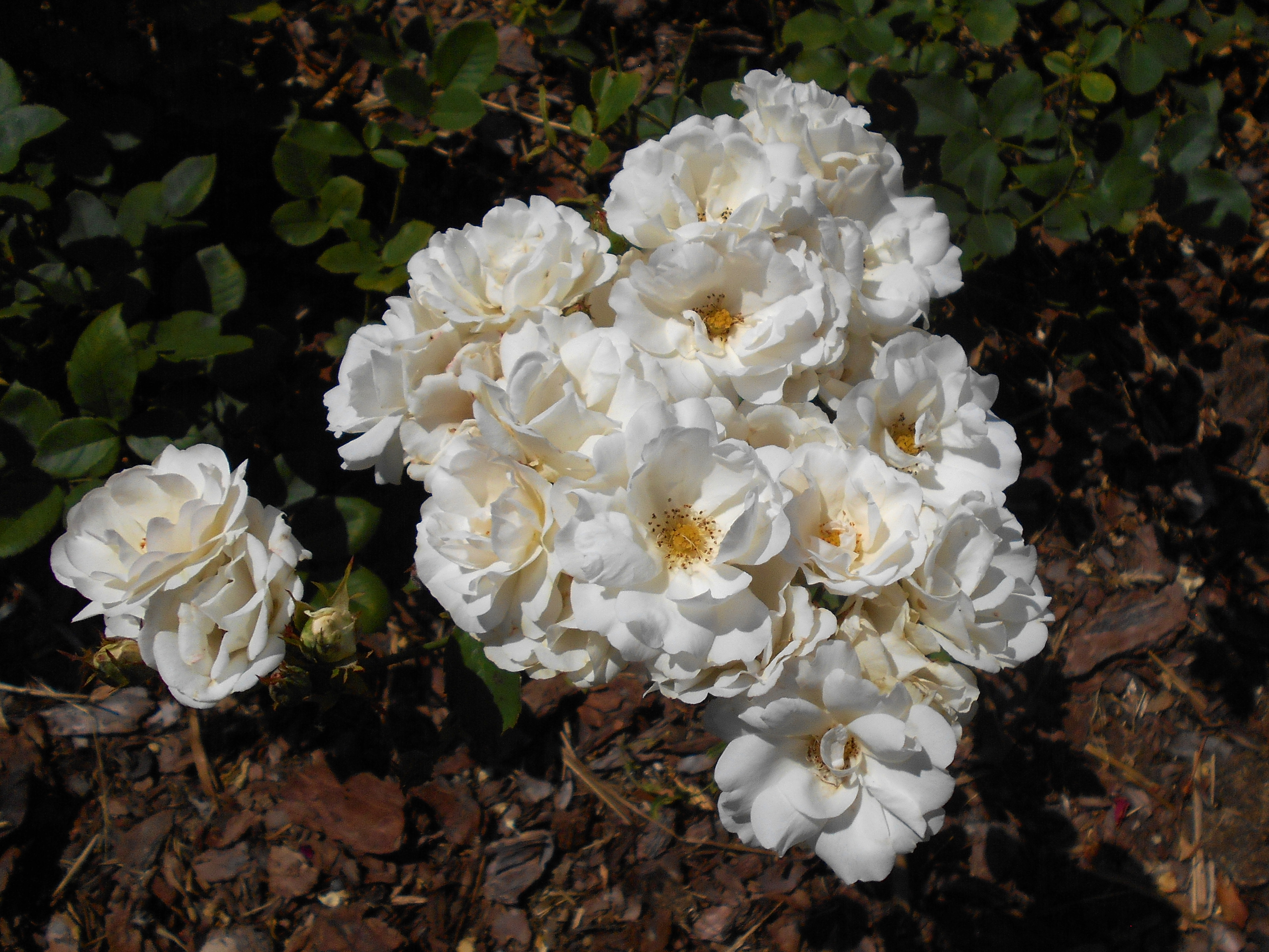
‘Dagmar Späth’, Späth/Wirtz & Eicke, 1936
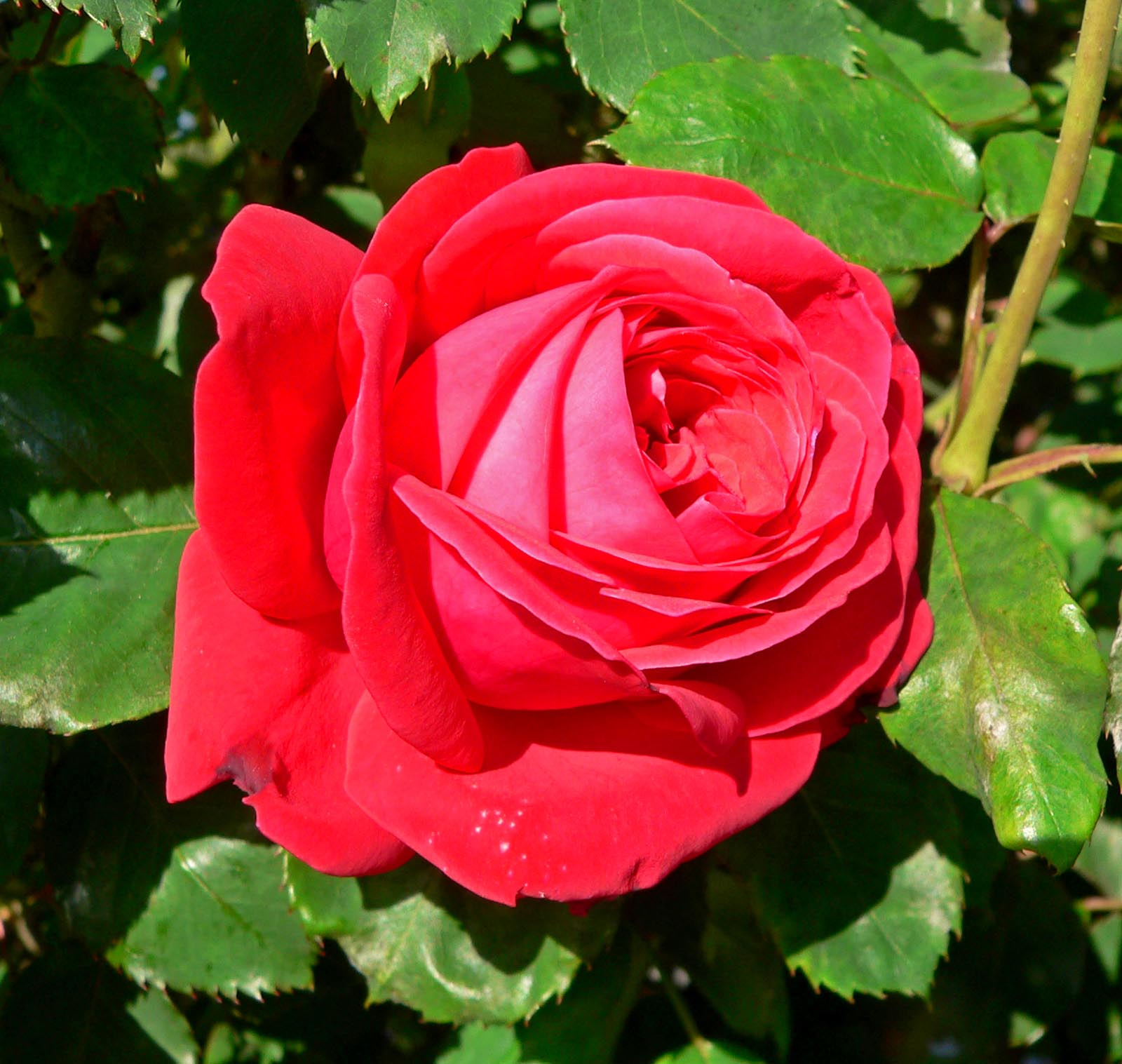
‘Dame de Coeur’, Lens, 1958
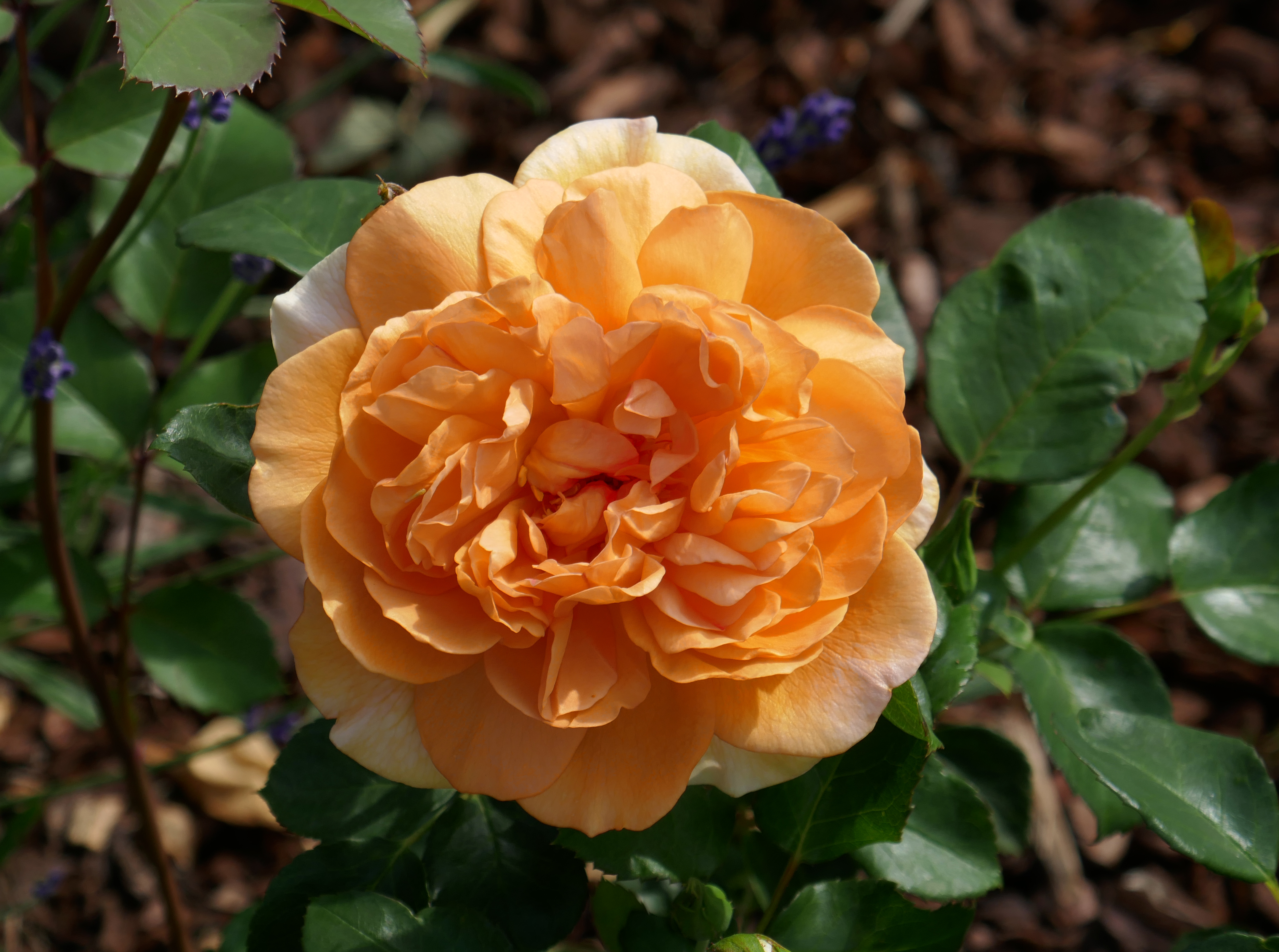
‘Dame Judi Dench’, Austin, 2017
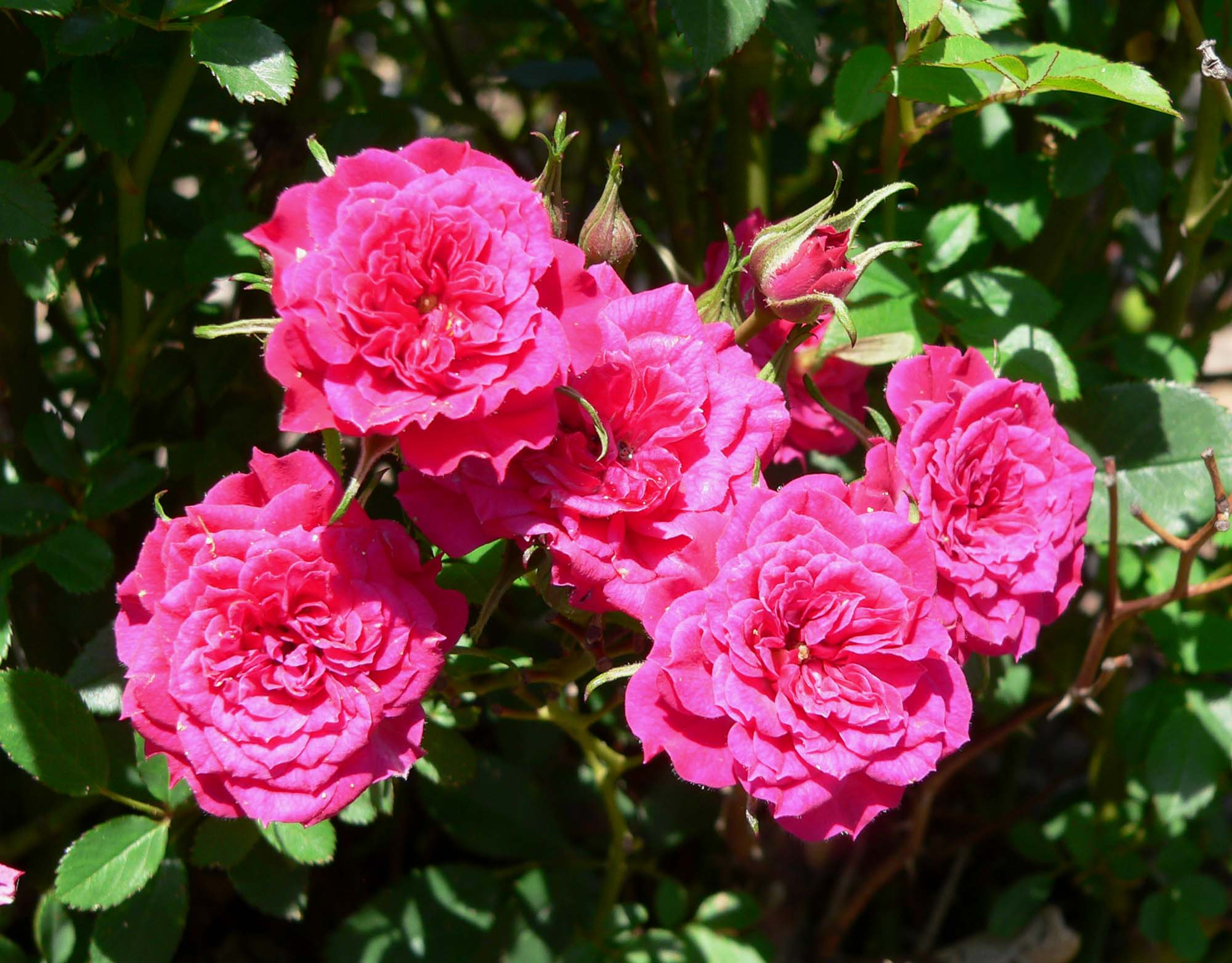
‘Dancing Jewel’, Morey, 1978
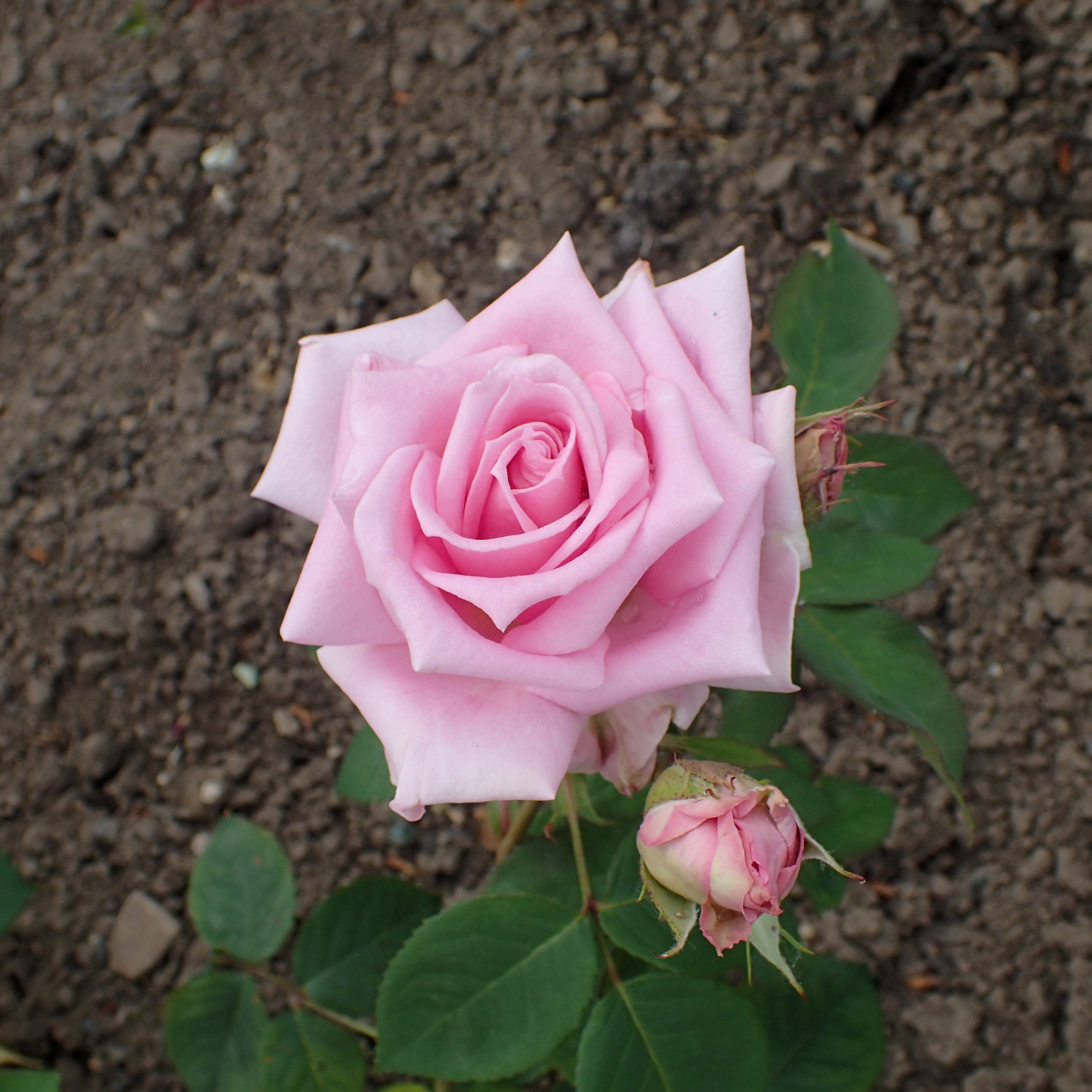
‘Dandy Dick’, Harkness, 1967
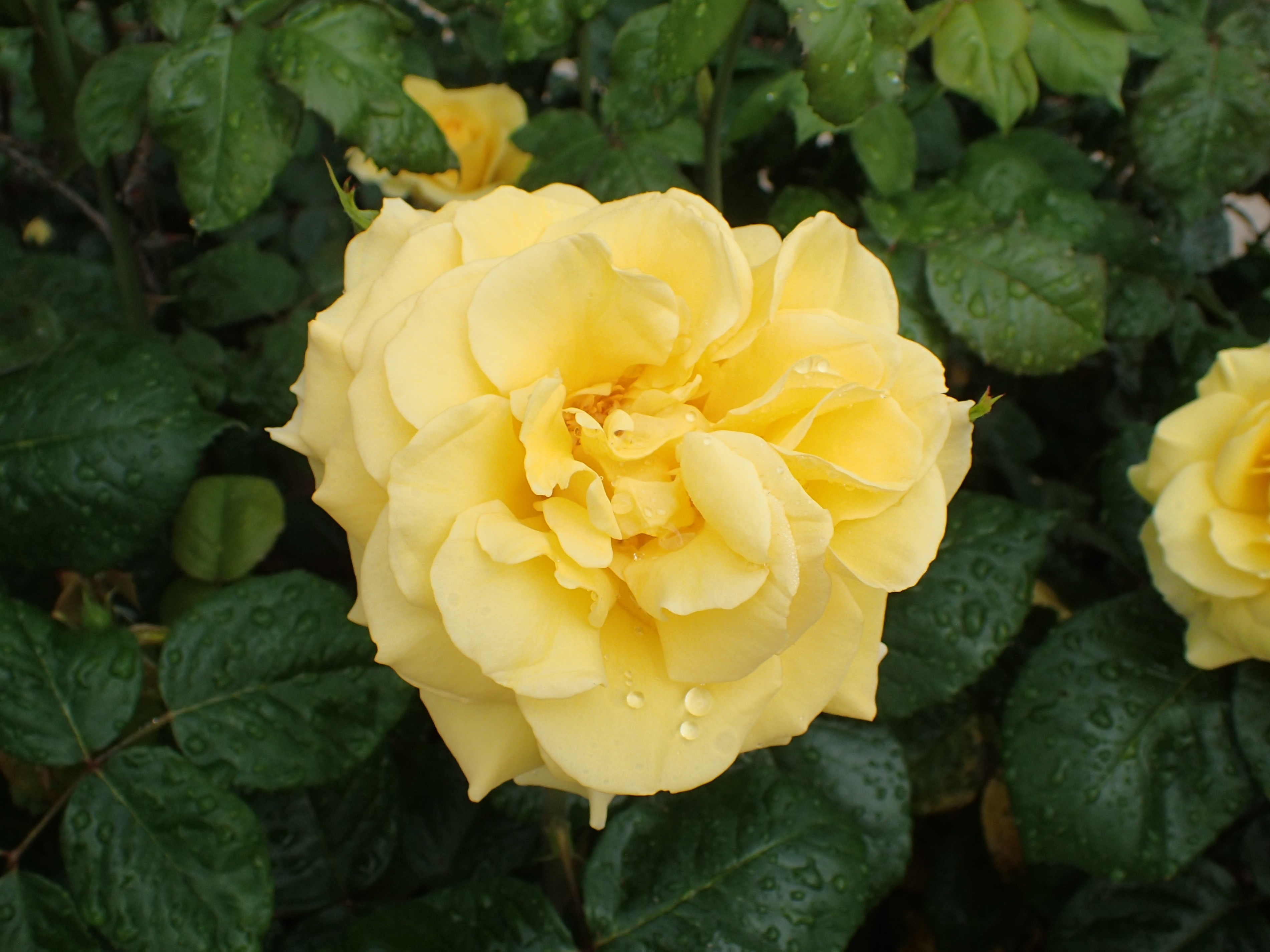
‘Dania’, Anne Cocker, 1988
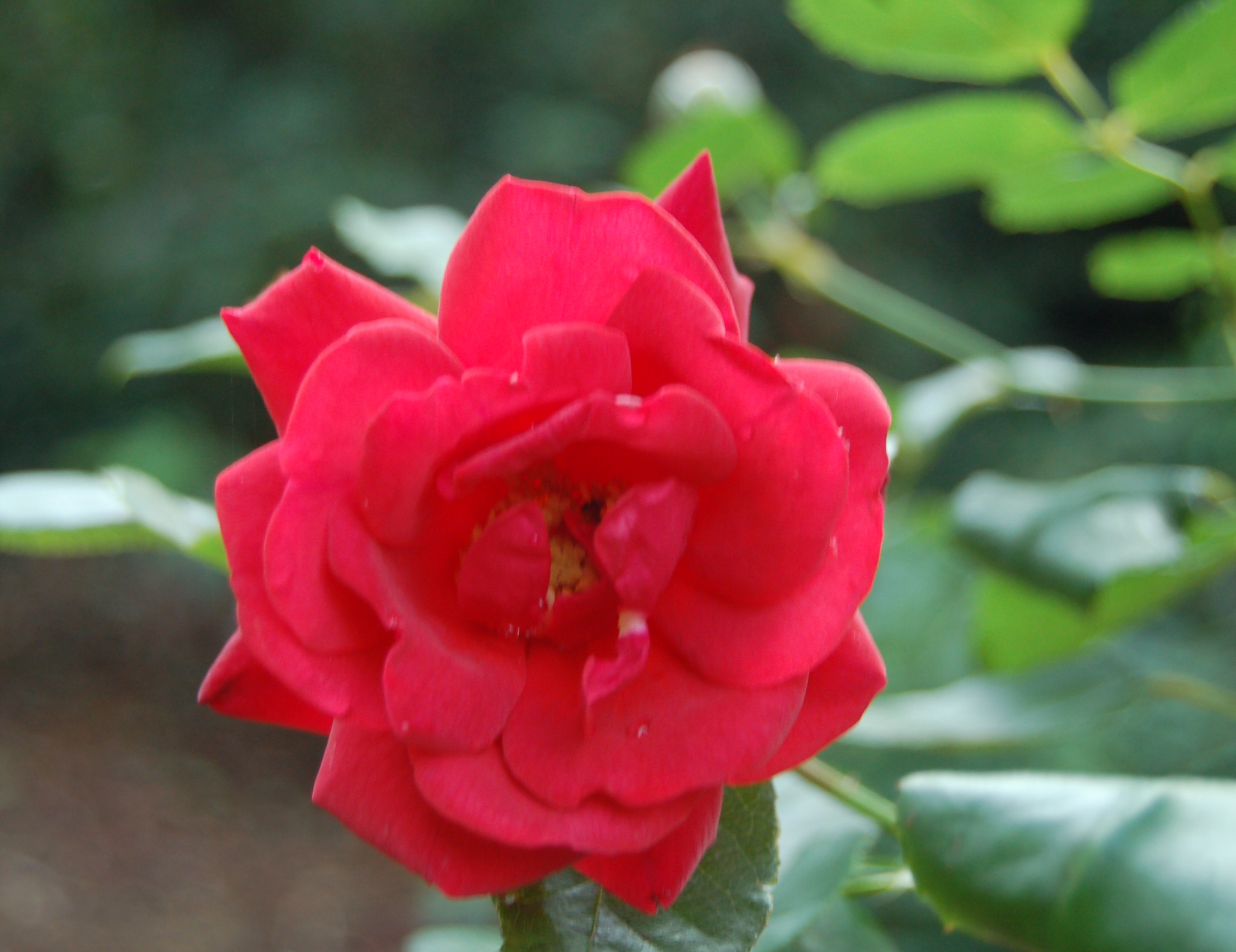
‘Danse du Feu’, Mallerin, 1953
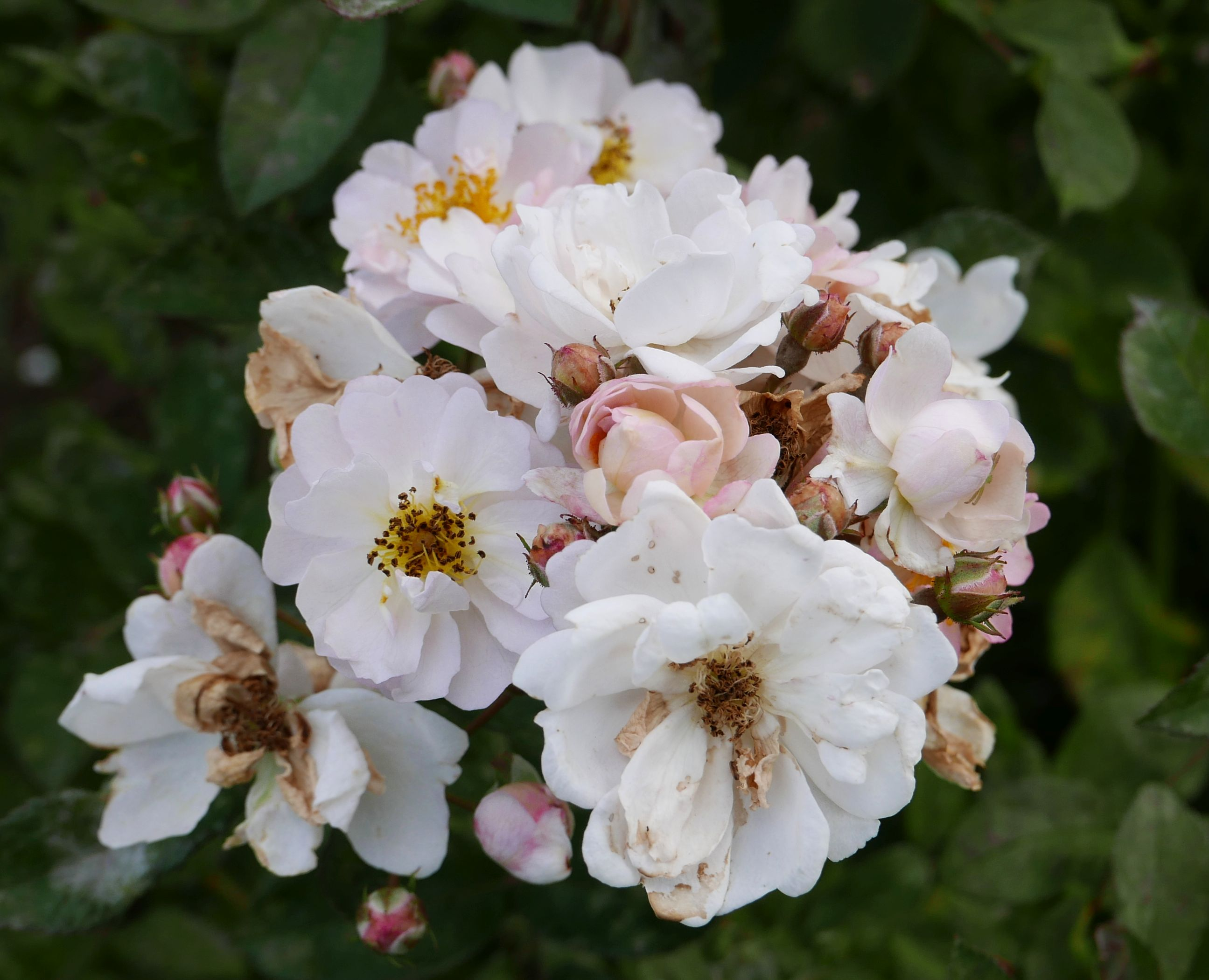
‘Daphne’, Pemberton, 1913
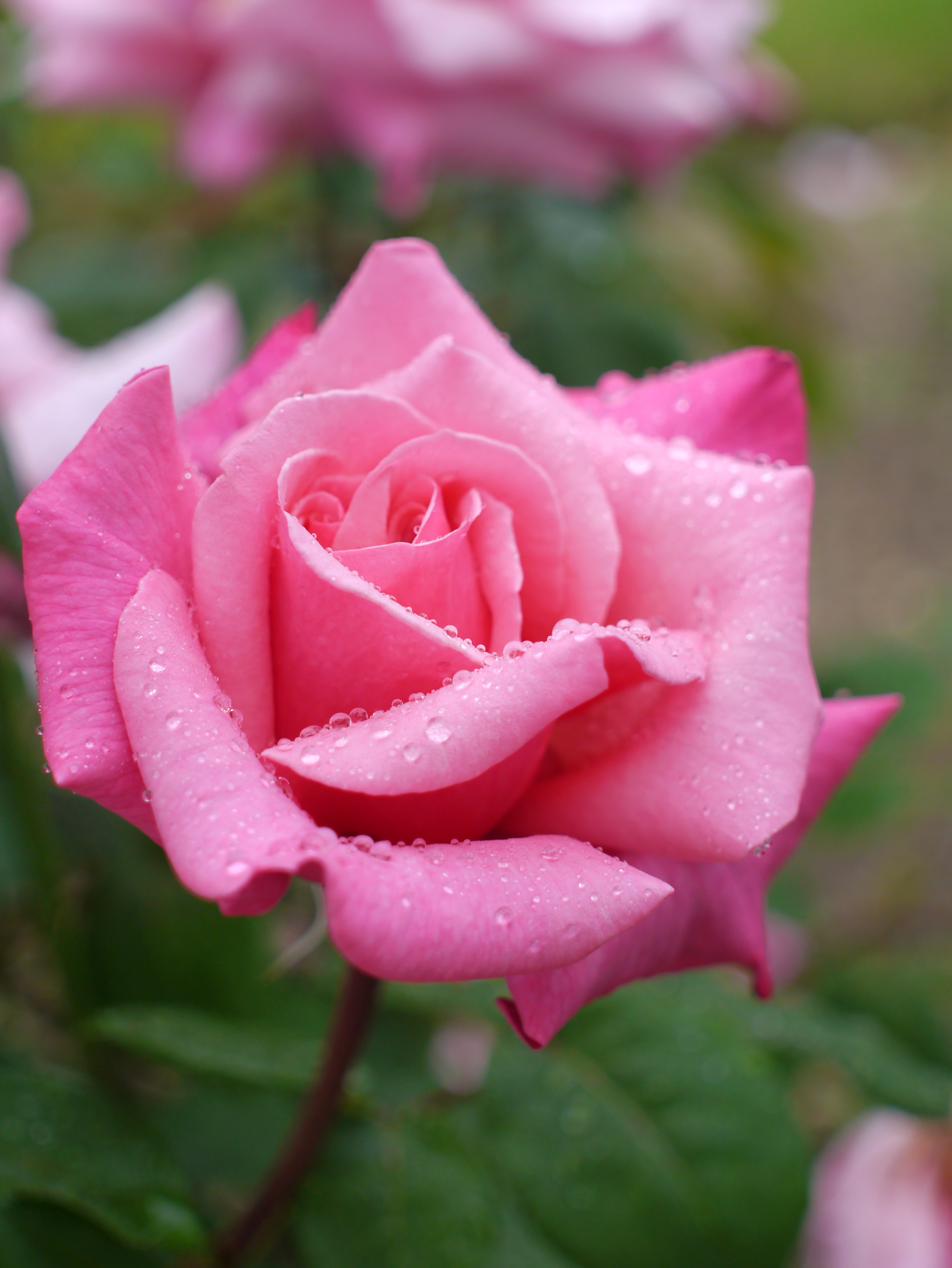
‘Daphnis’, Gaujart, 1973
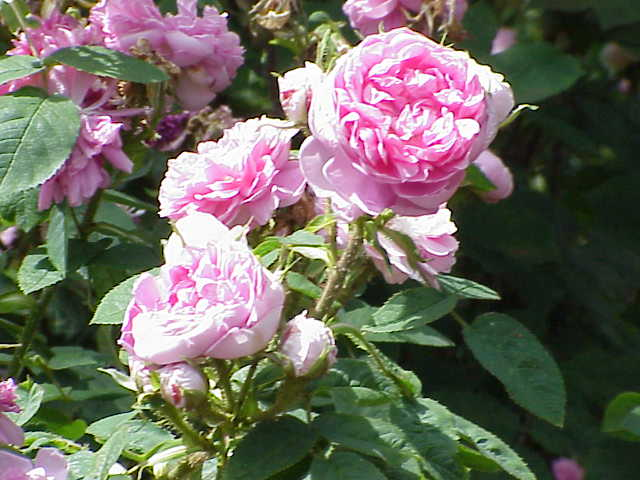
‘D’Arcet’, Robert, 1851
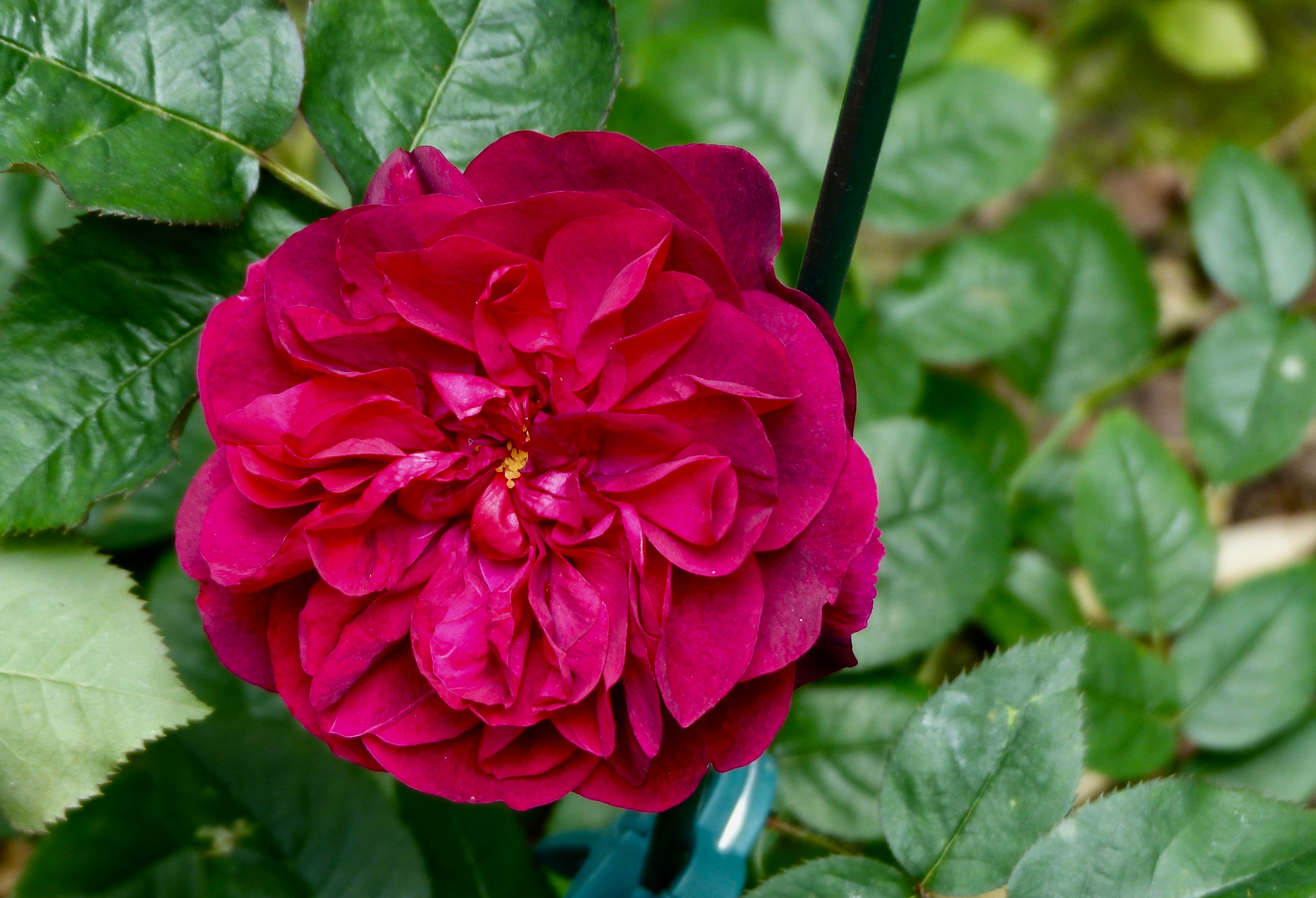
‘Darcey Bussell’, Austin, 2005
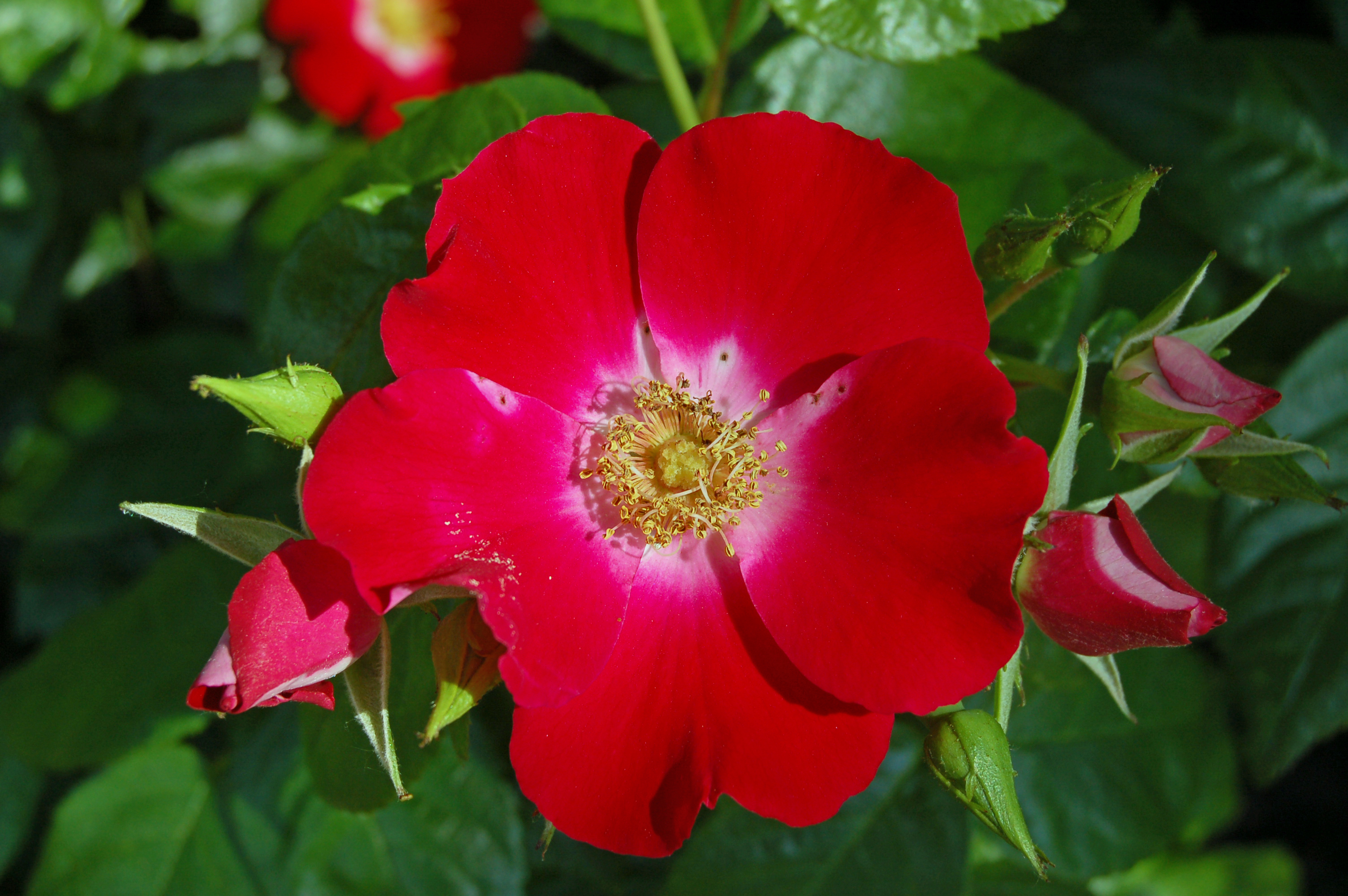
‘Dart’s Red Dot’, Interplant, 1989
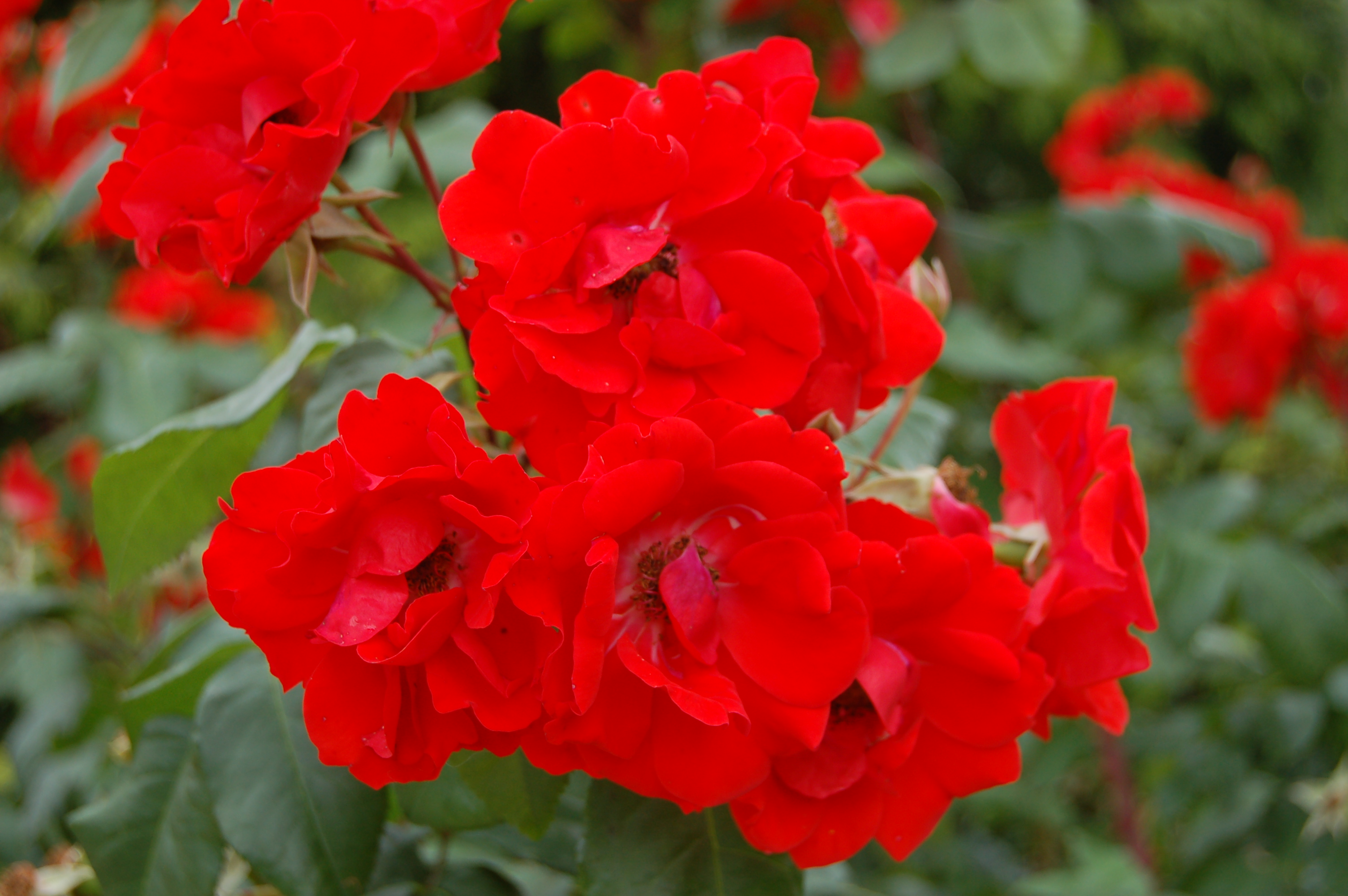
‘Darthuizer Orange Fire’, Ilsink, 1992
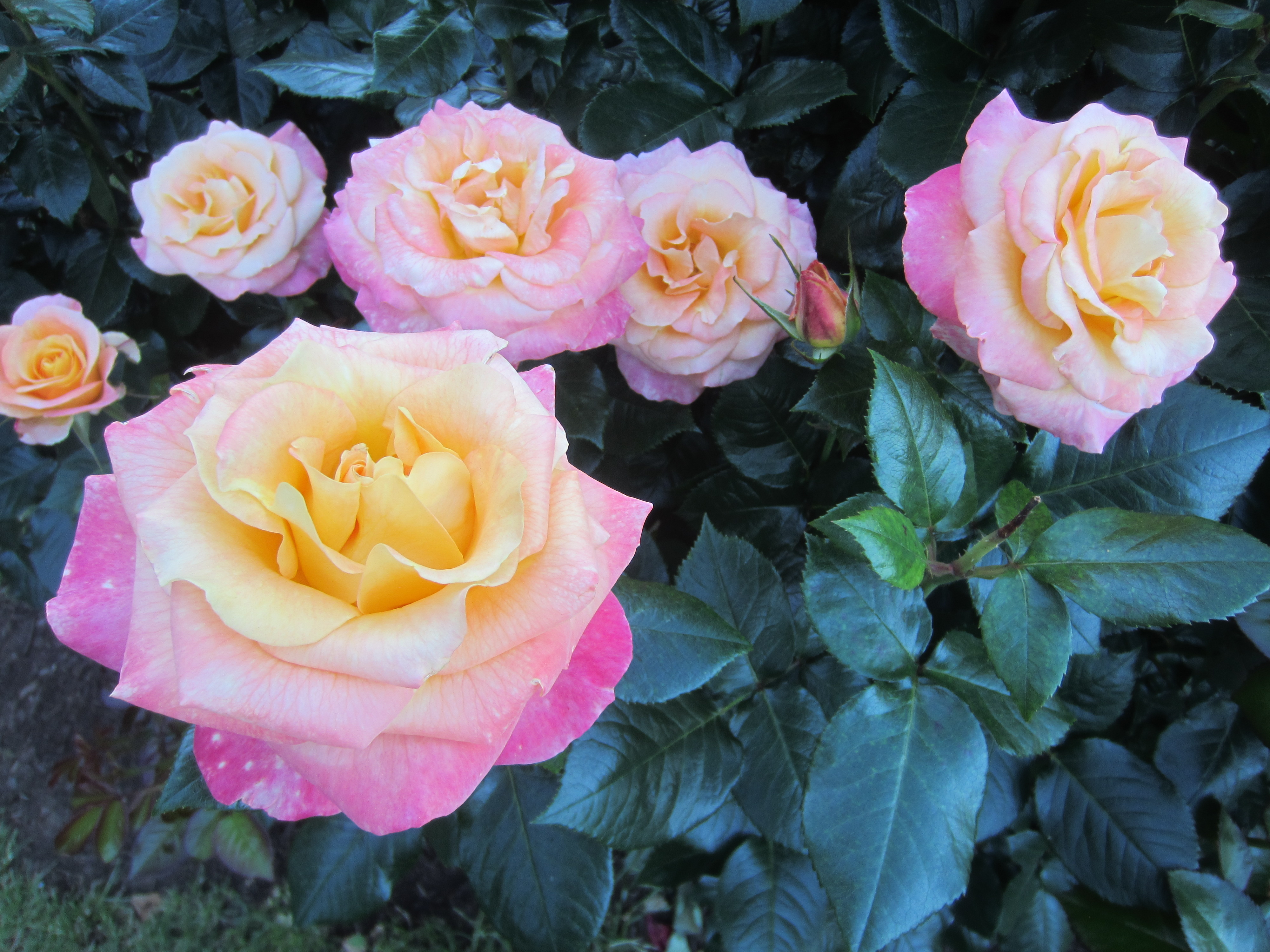
‘Daybreaker’, Gareth Fryer, vor 2003
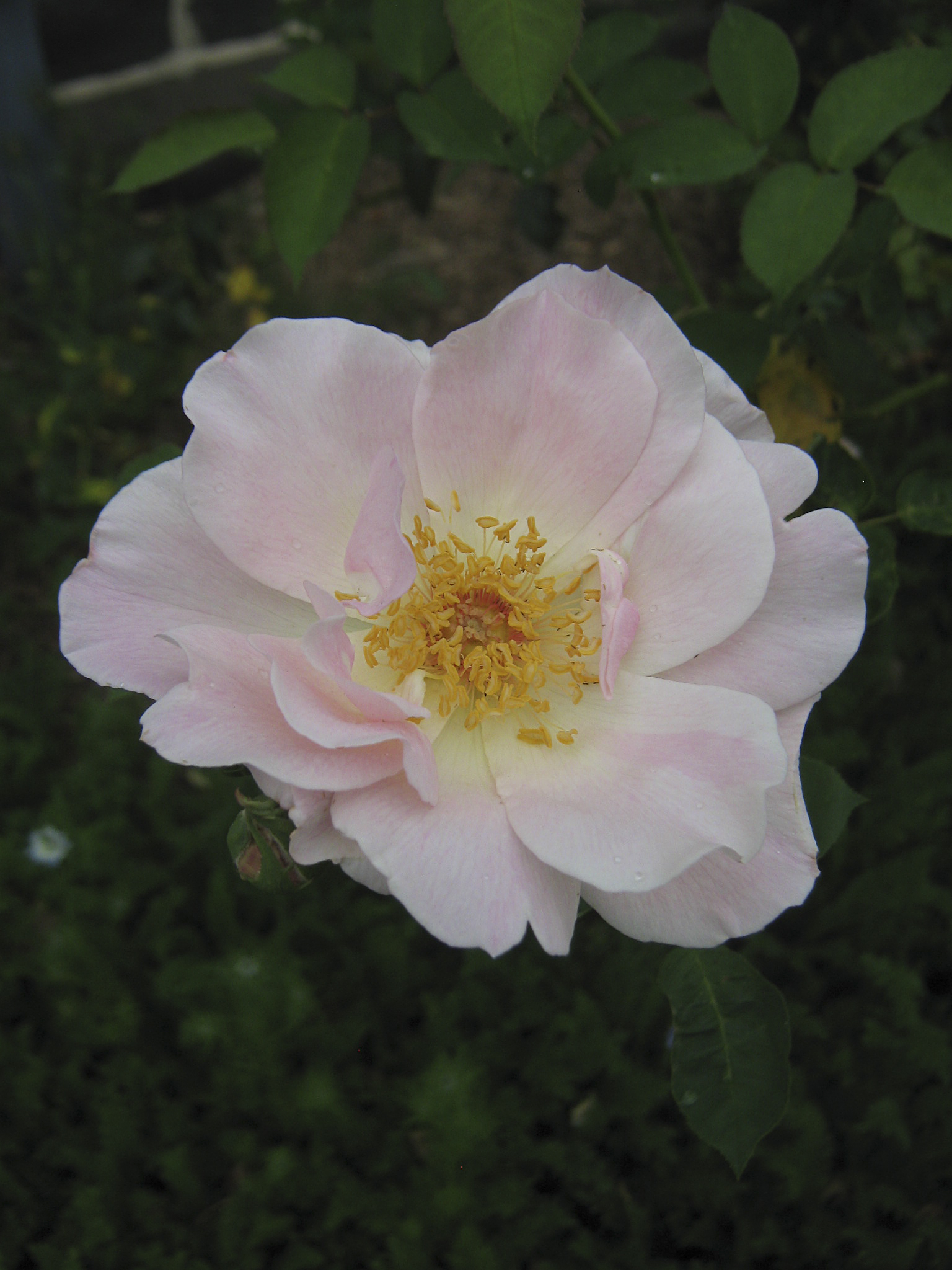
‘Daydream’, Alister Clark, 1925
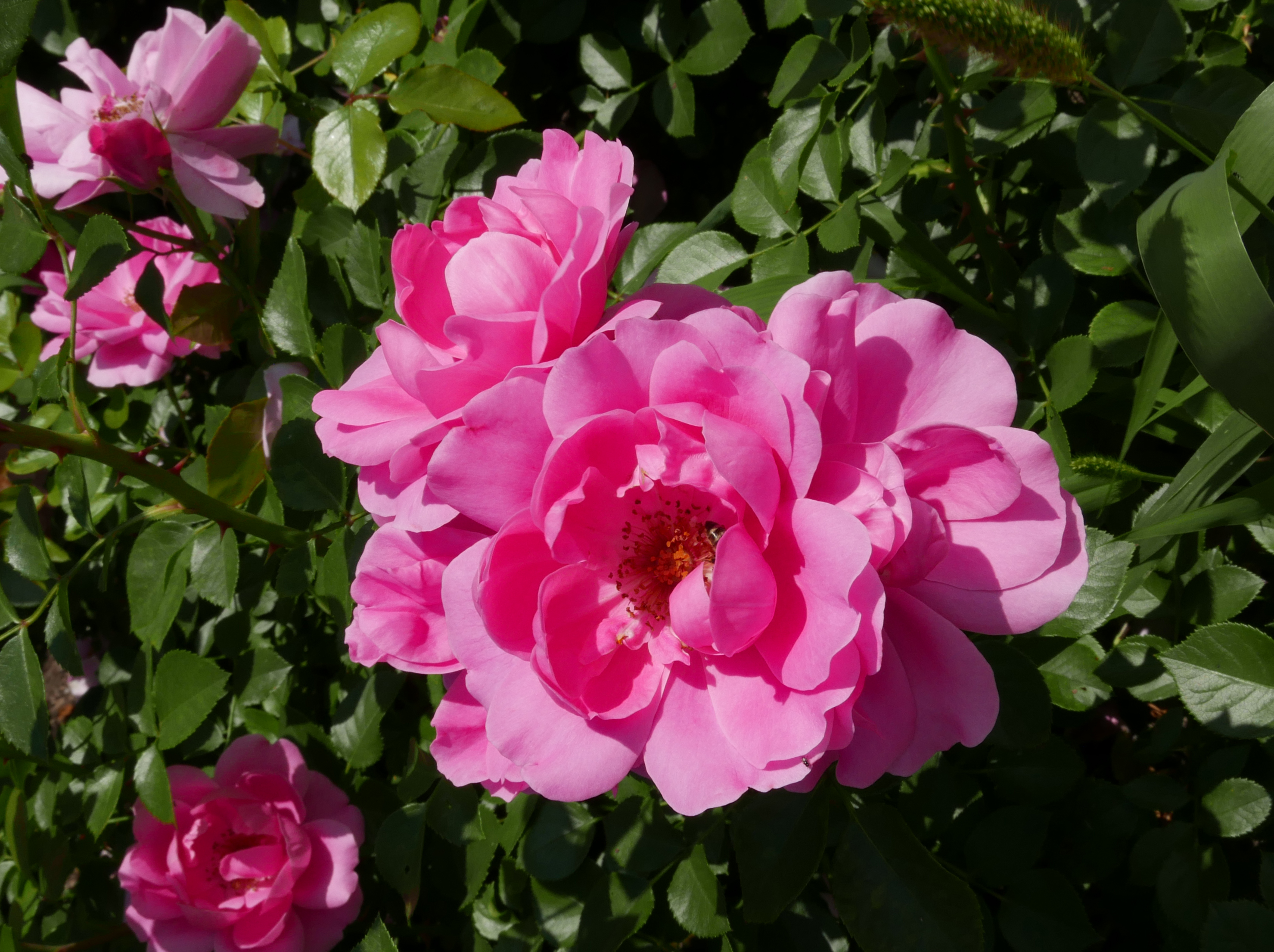
‘Deborah’ (auch ‘Play Rose’), Meilland, 1989
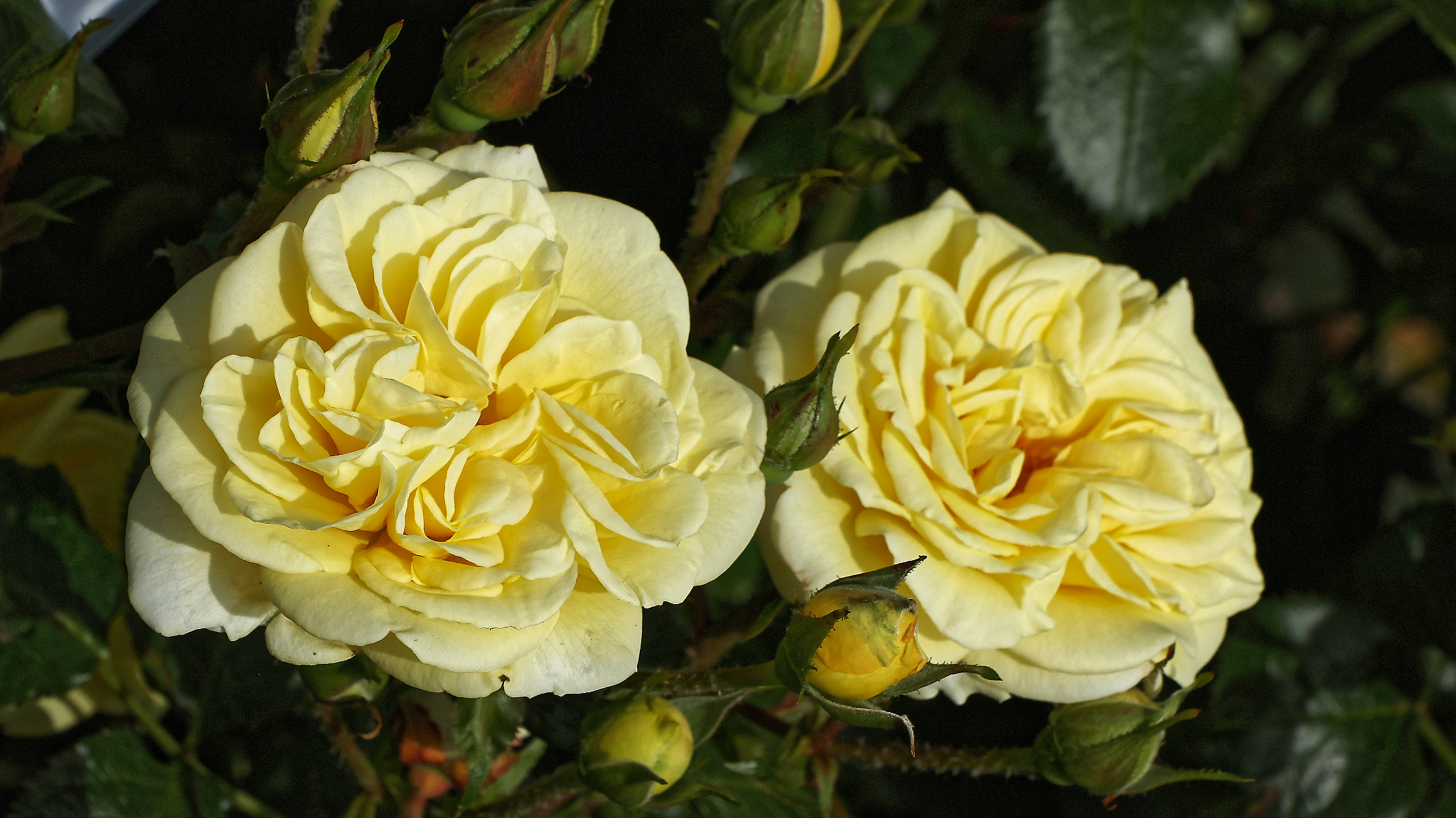
‘Debüt’, Noack, 2011/2012
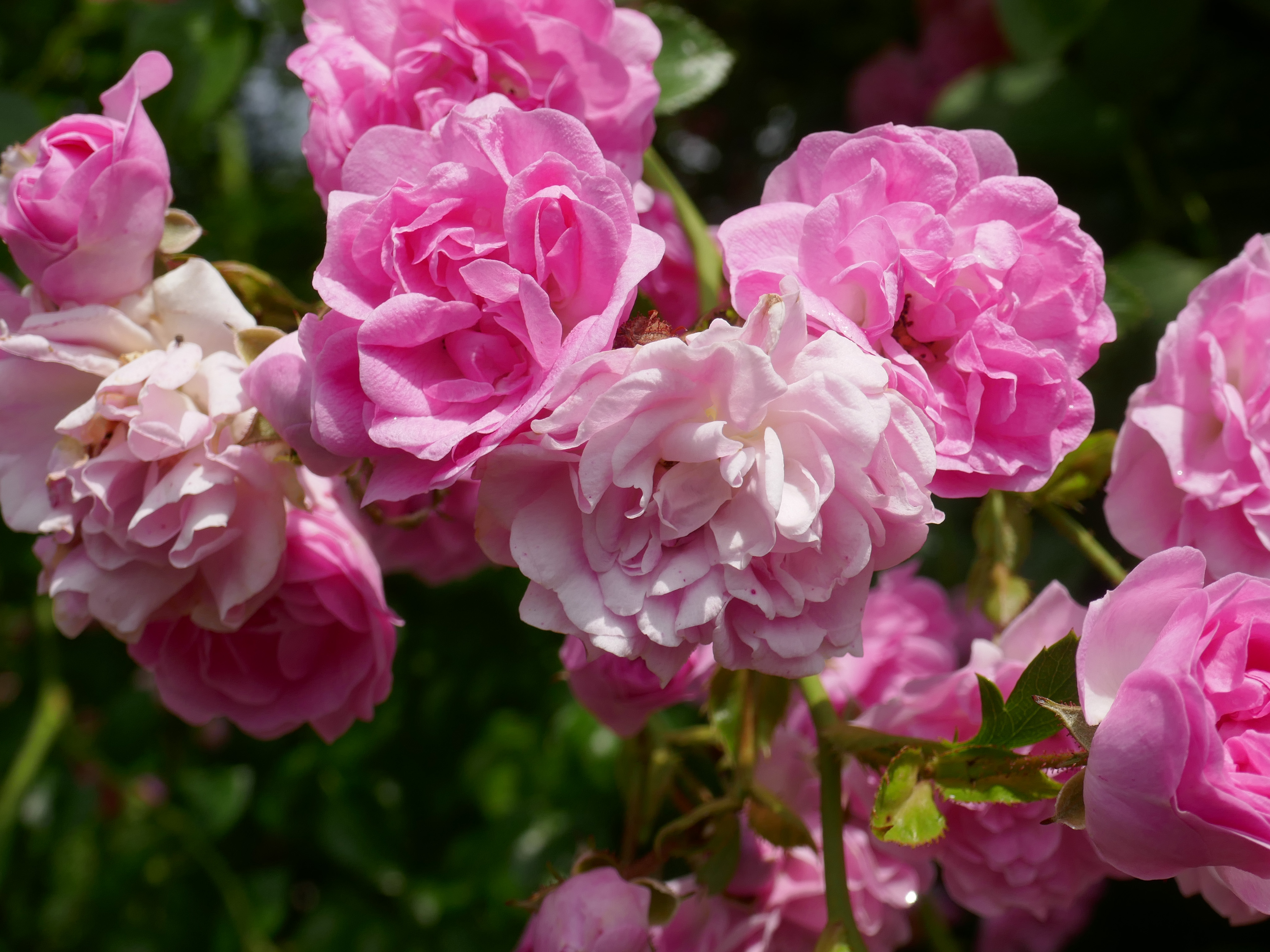
‘Debutante’, Walsh, 1902
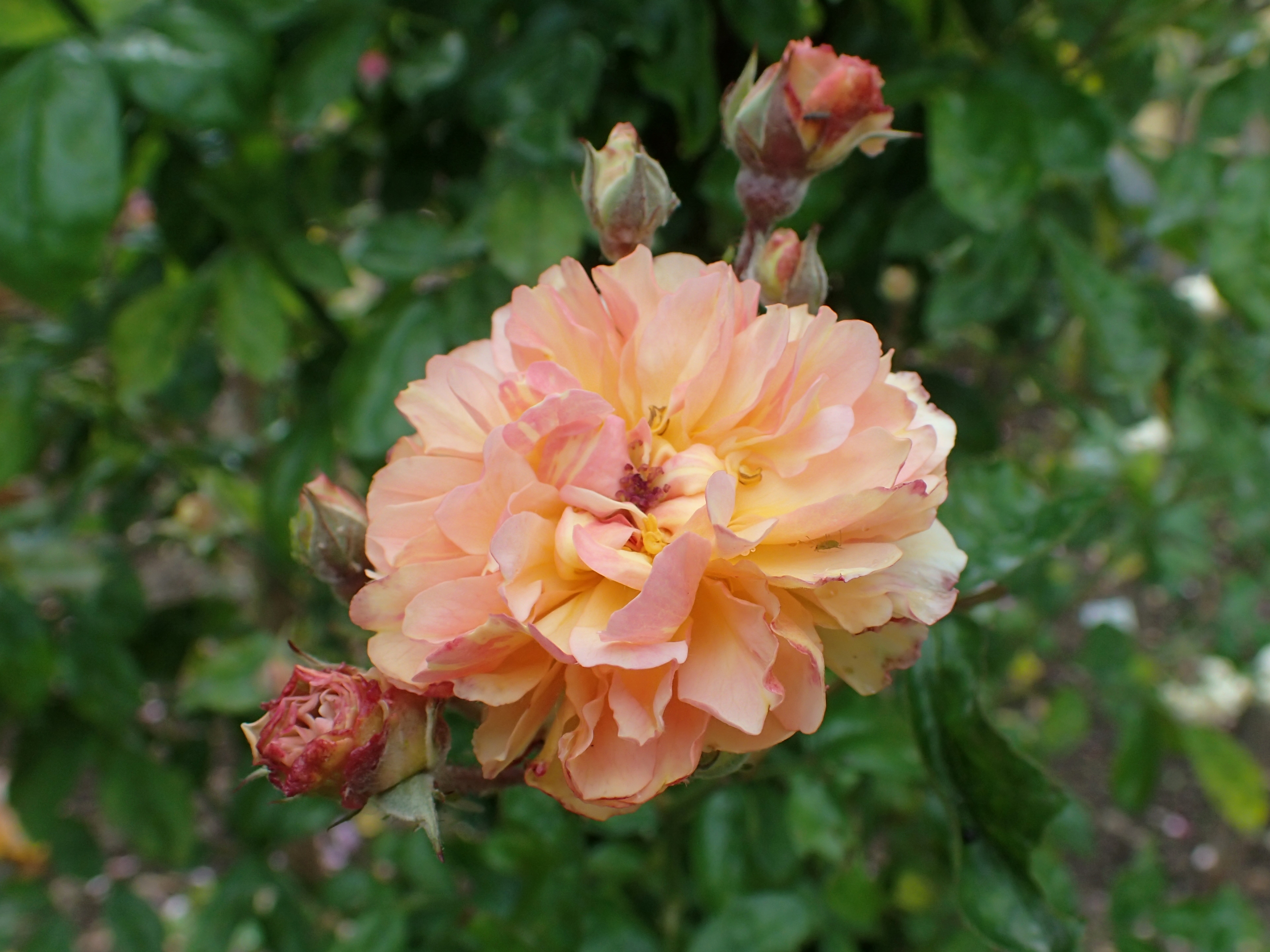
‘De Candolle’, Robichon, 1913
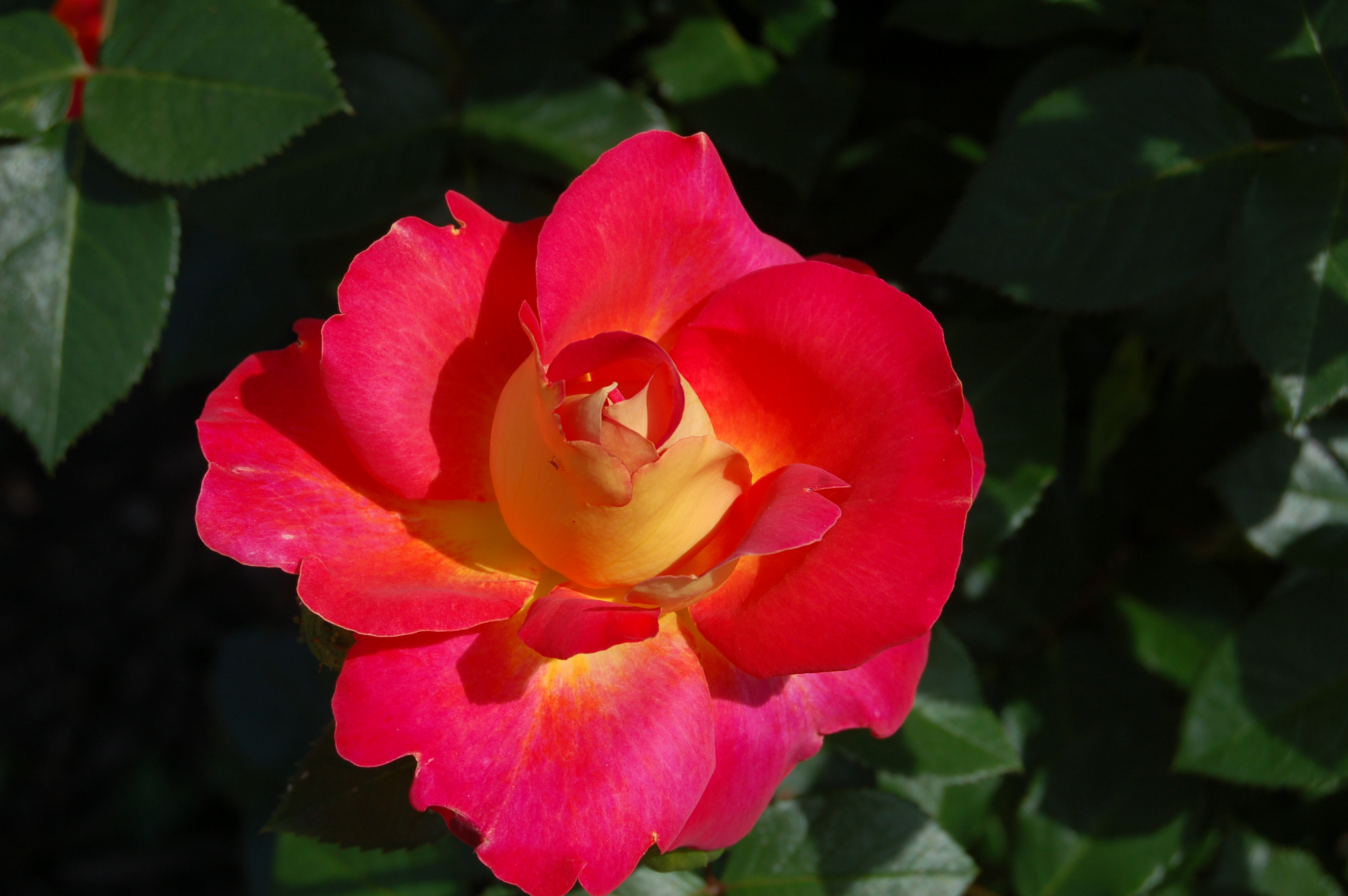
‘Decor Arlequin’, Meilland, 1977
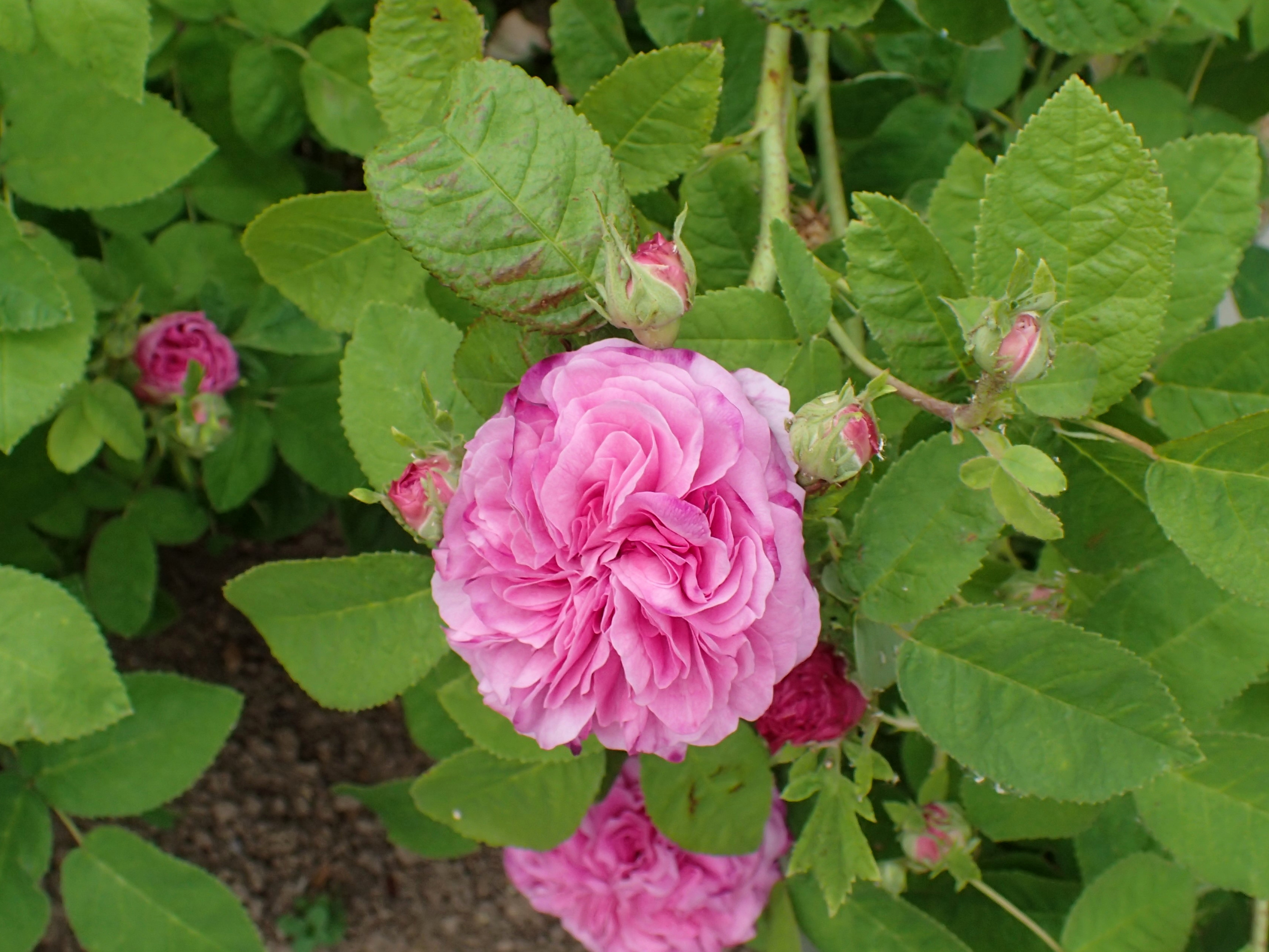
‘Delambre’, Robert & Moreau, 1863
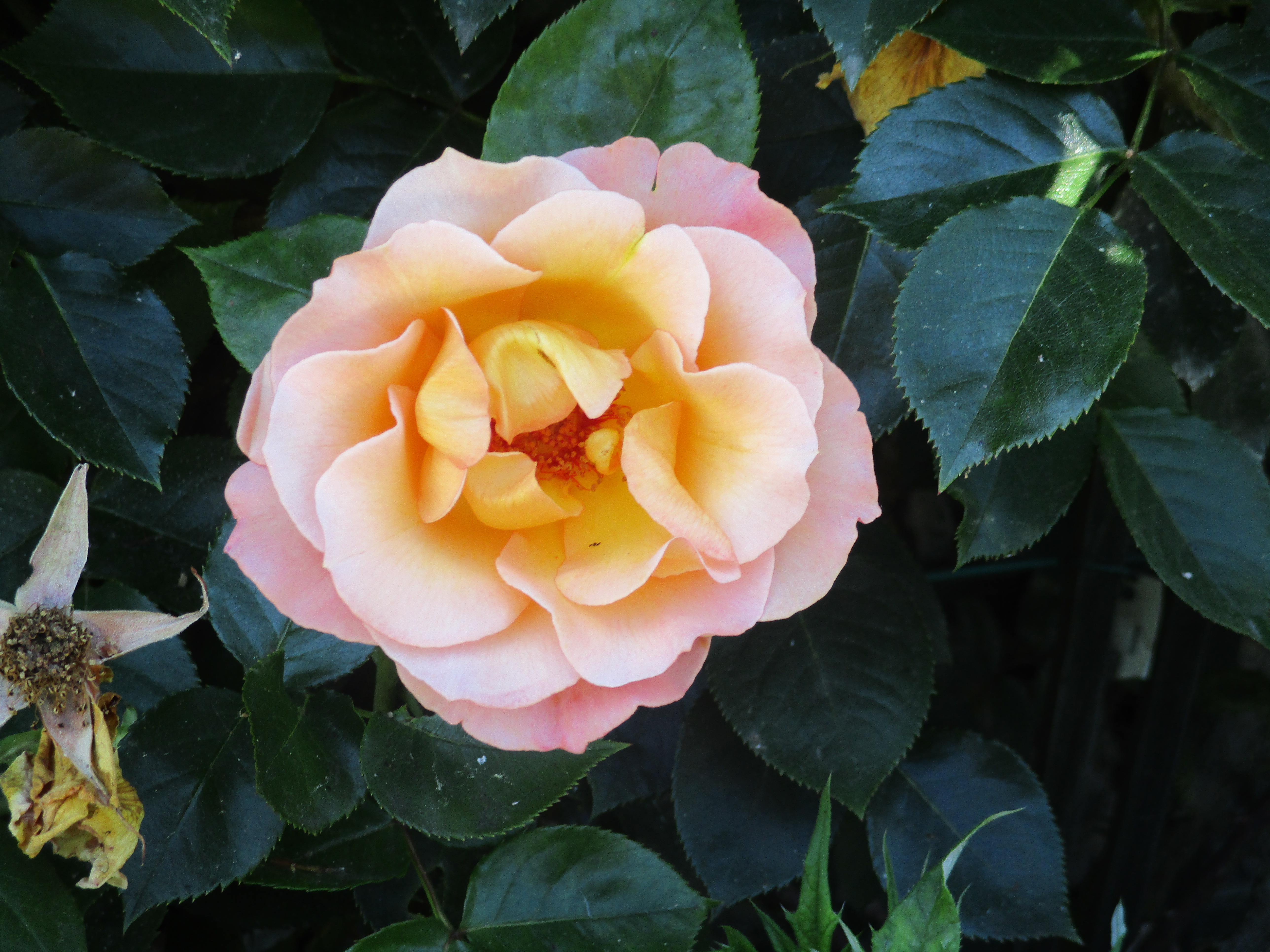
‘Della Balfour’, Harkness, 1994
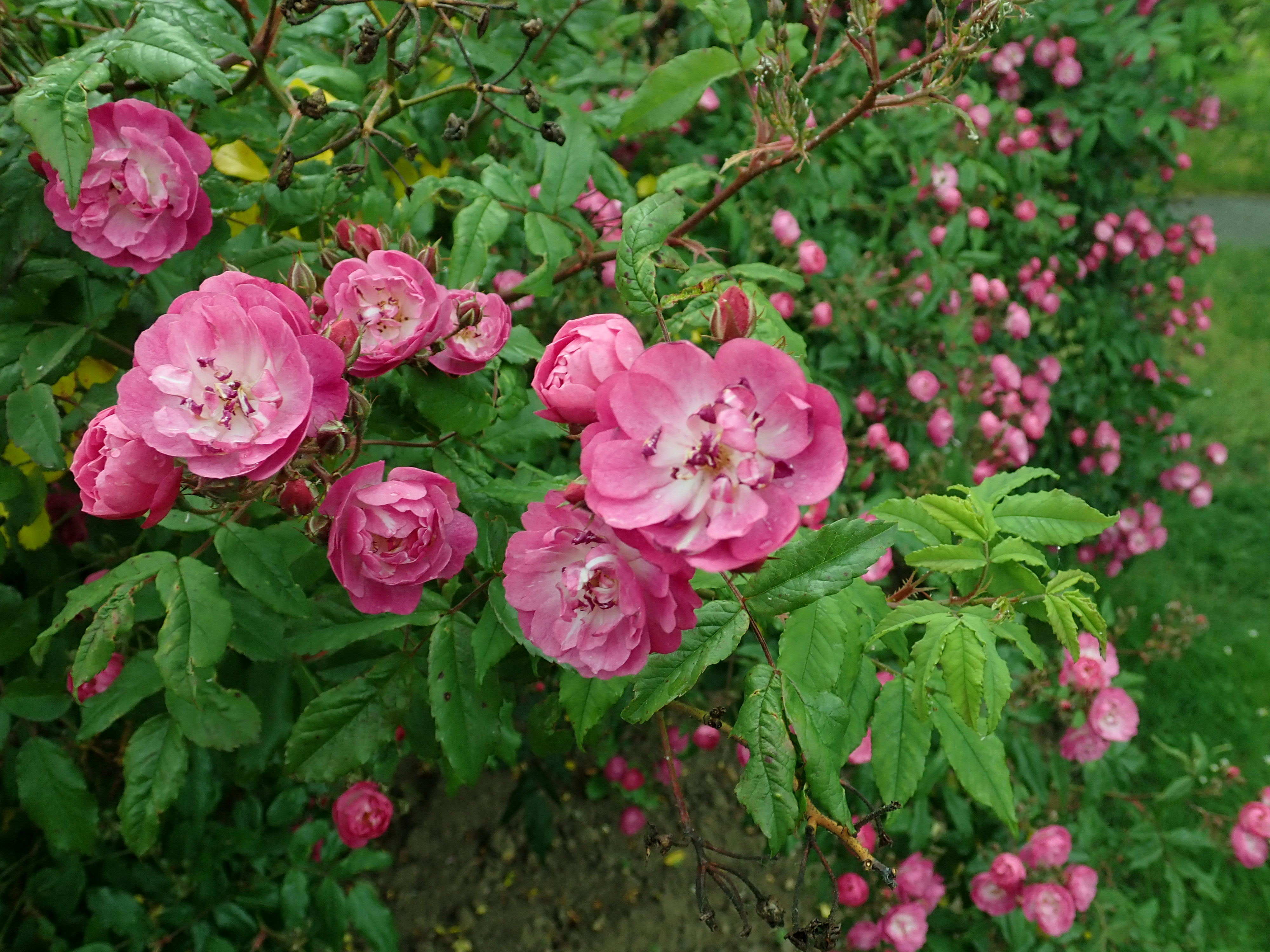
‘Dentelle de Bruxelles’, Louis Lens, 1986
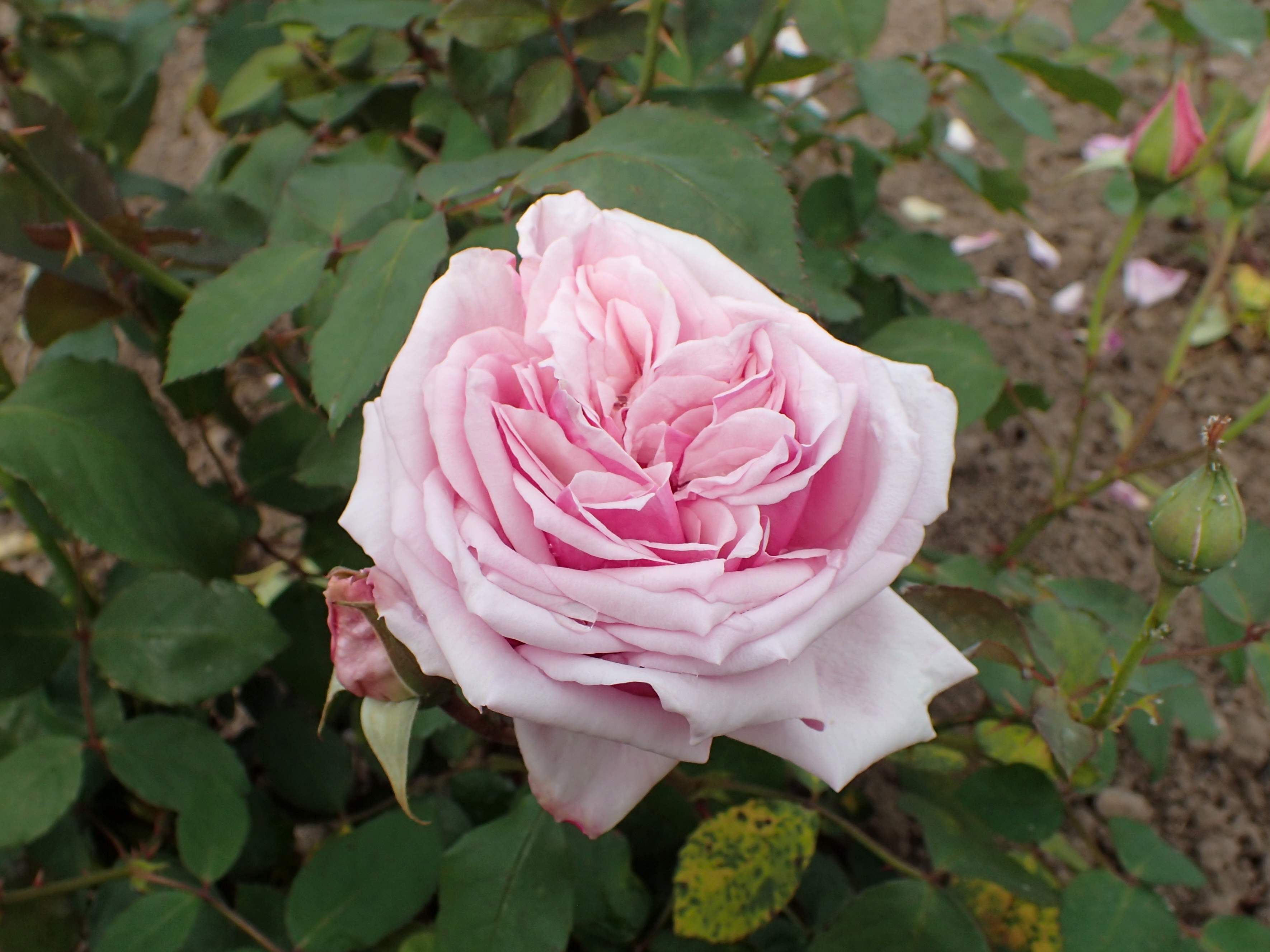
‘Dernburg’, G. A. C. Krüger, vor 1911
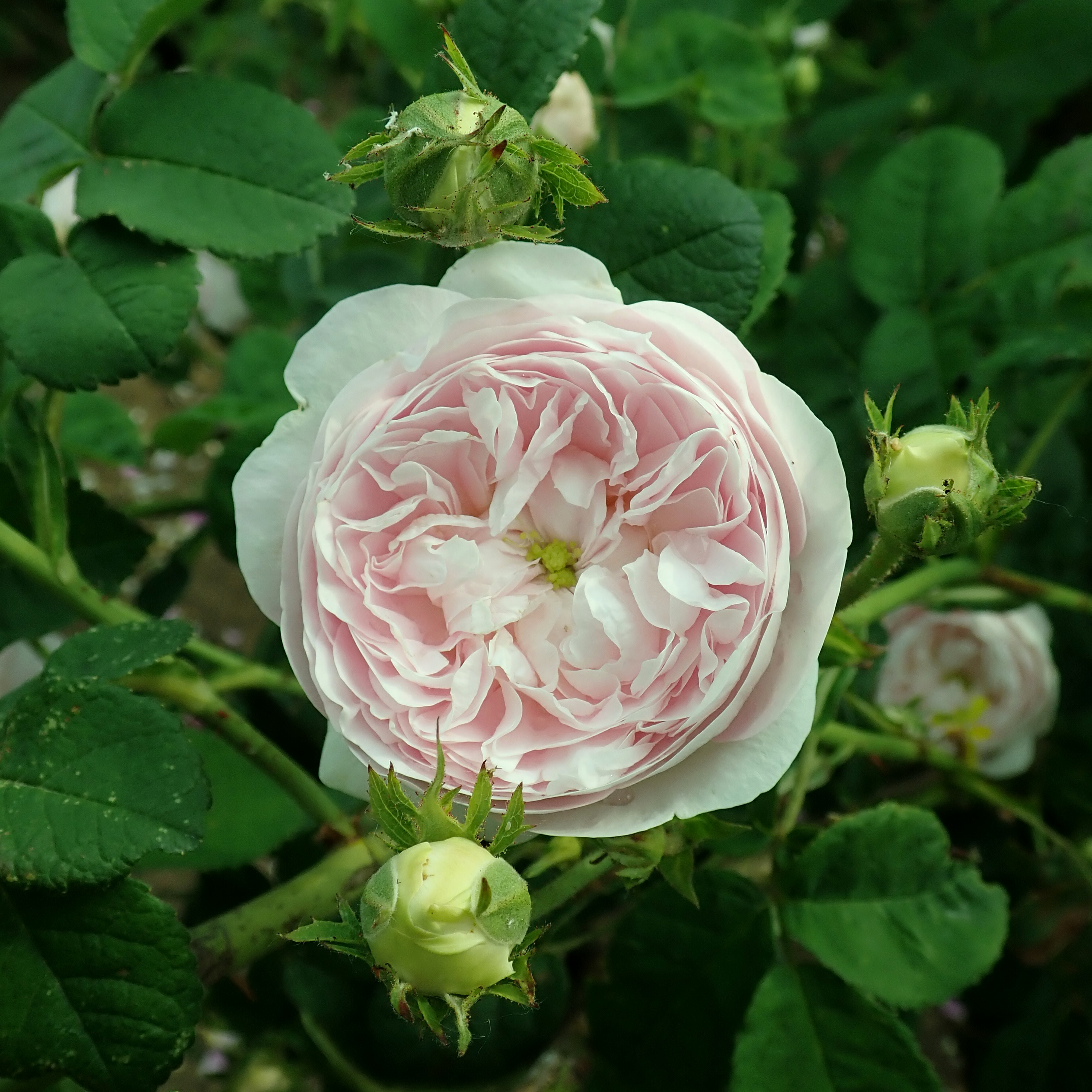
‘De Schelfhout’, Parmentier, 1840
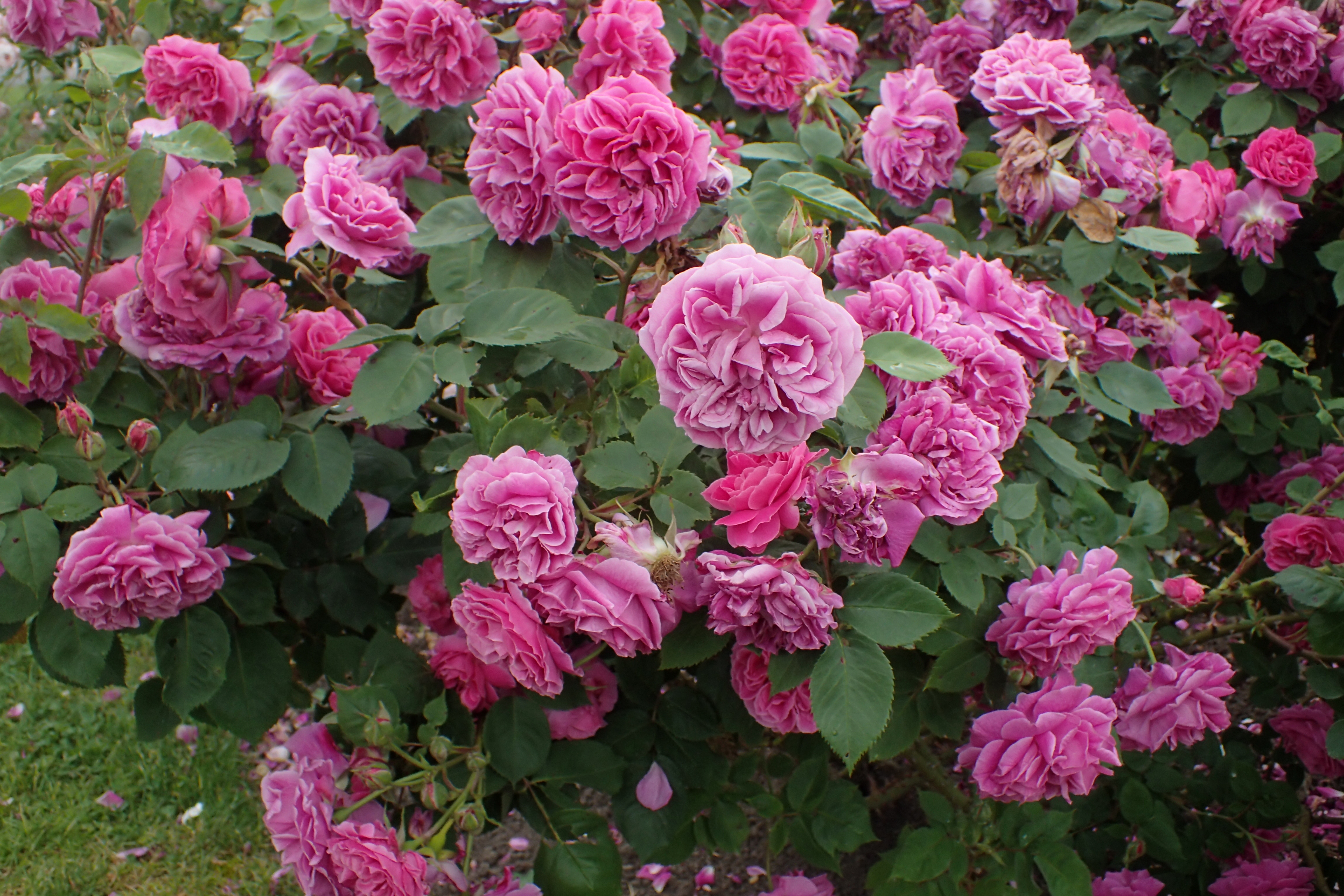
‘Desgaches’, Desgaches, 1840
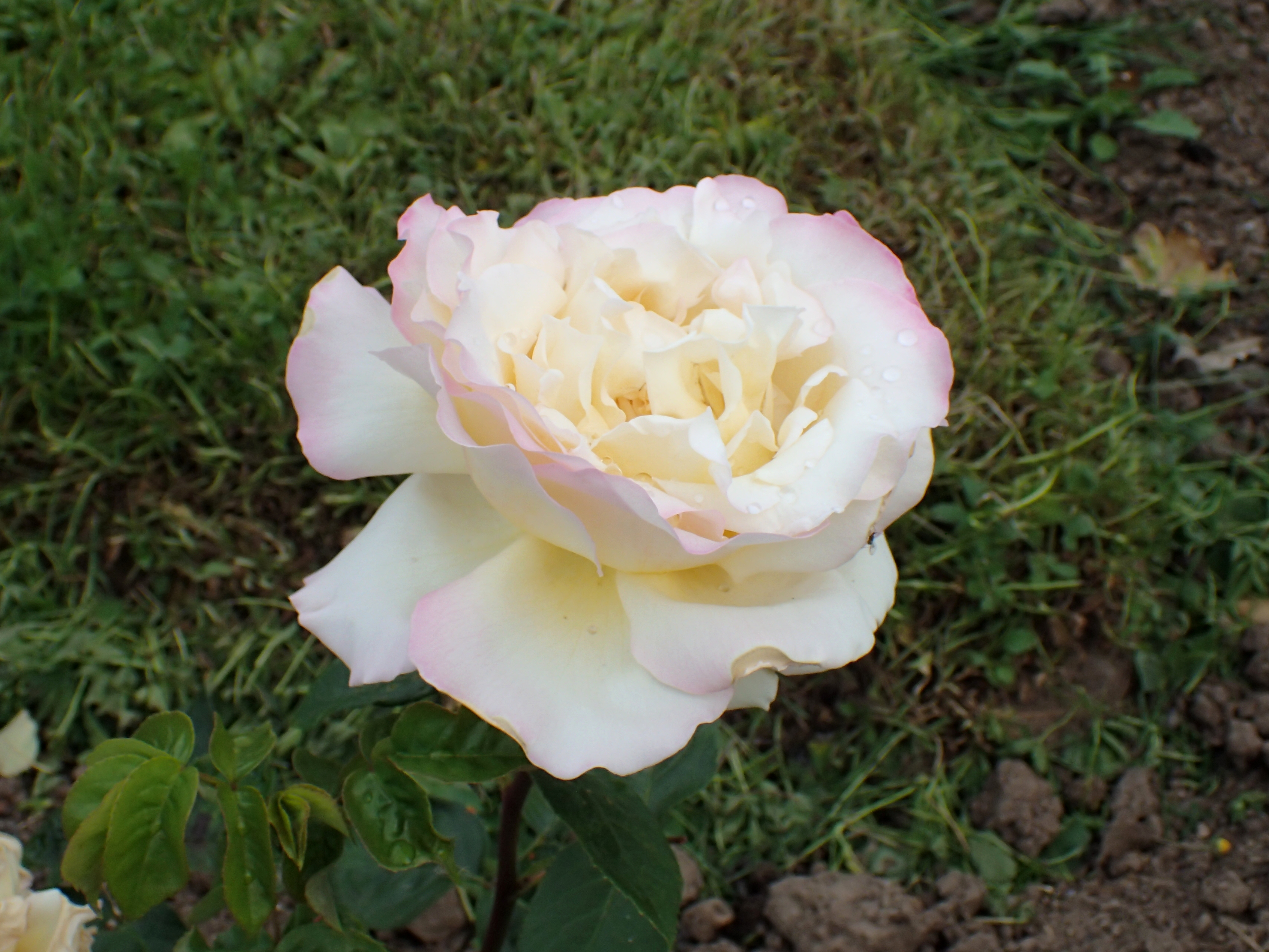
‘Desi’, Rupprecht-Radke, 1964
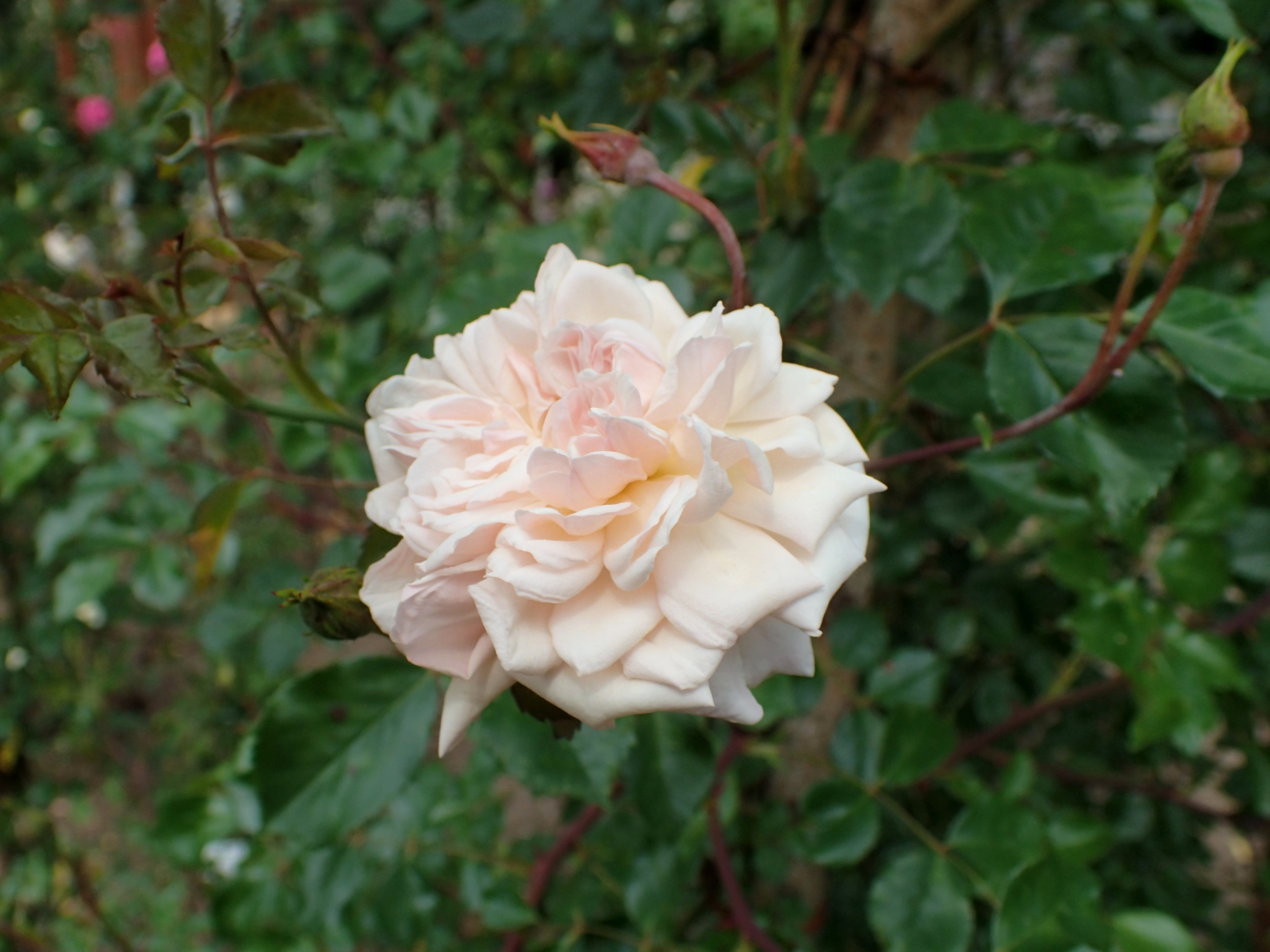
‘Désiré Bergera’, Barbier Frères, 1909
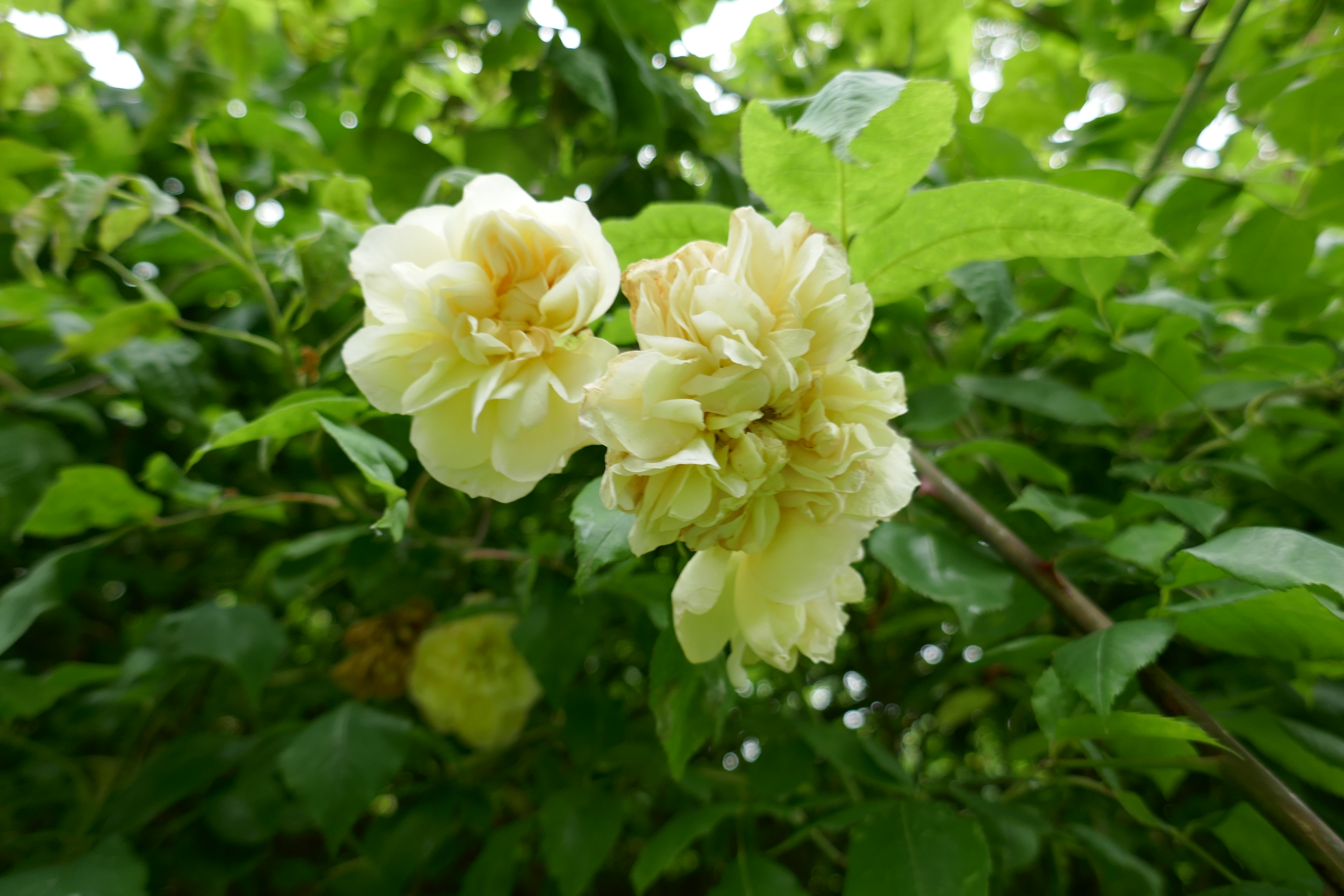
‘Desprez à Fleurs Jaunes’, Desprez, 1830
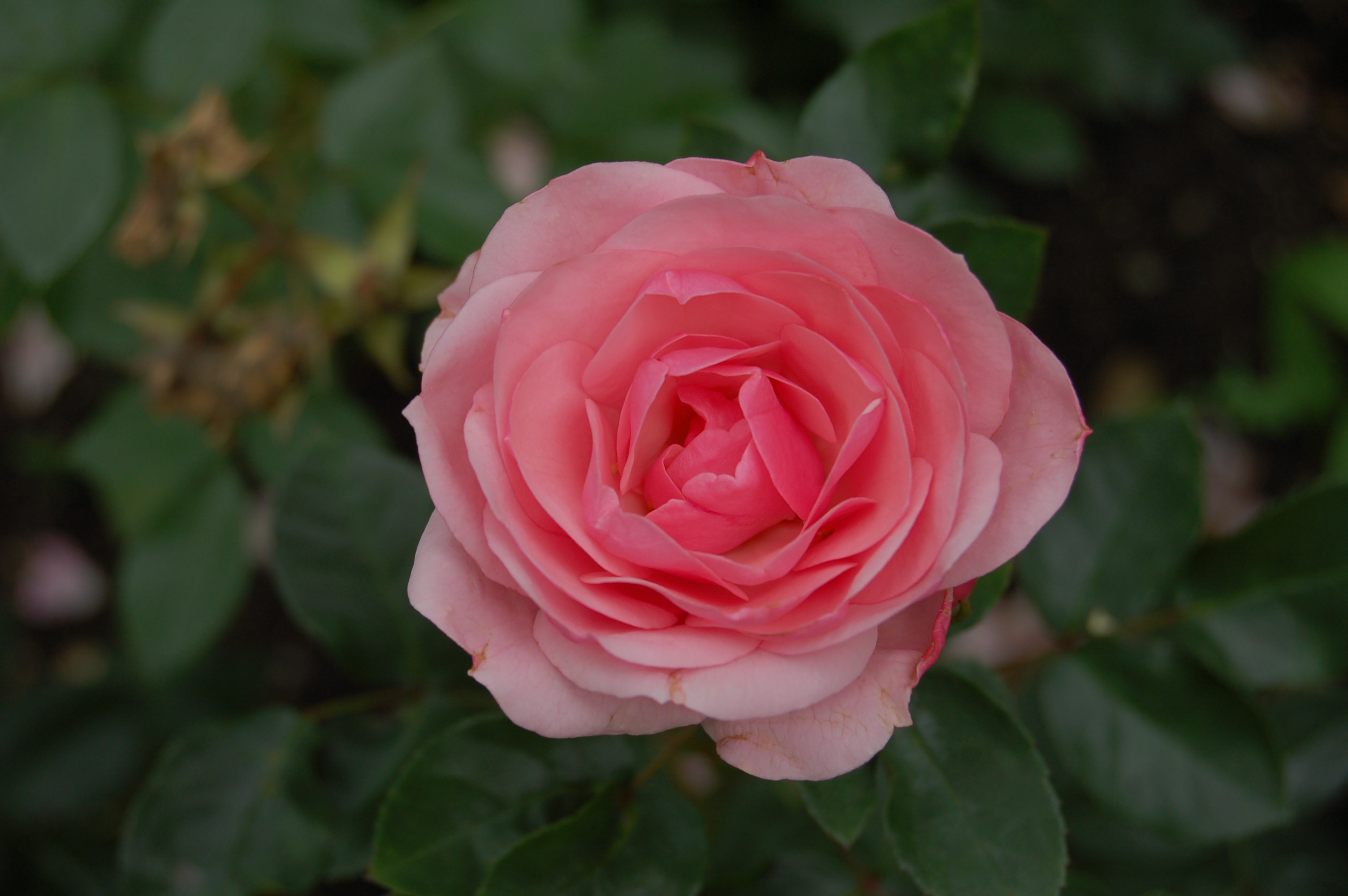
‘Diadem’, Tantau, 1986
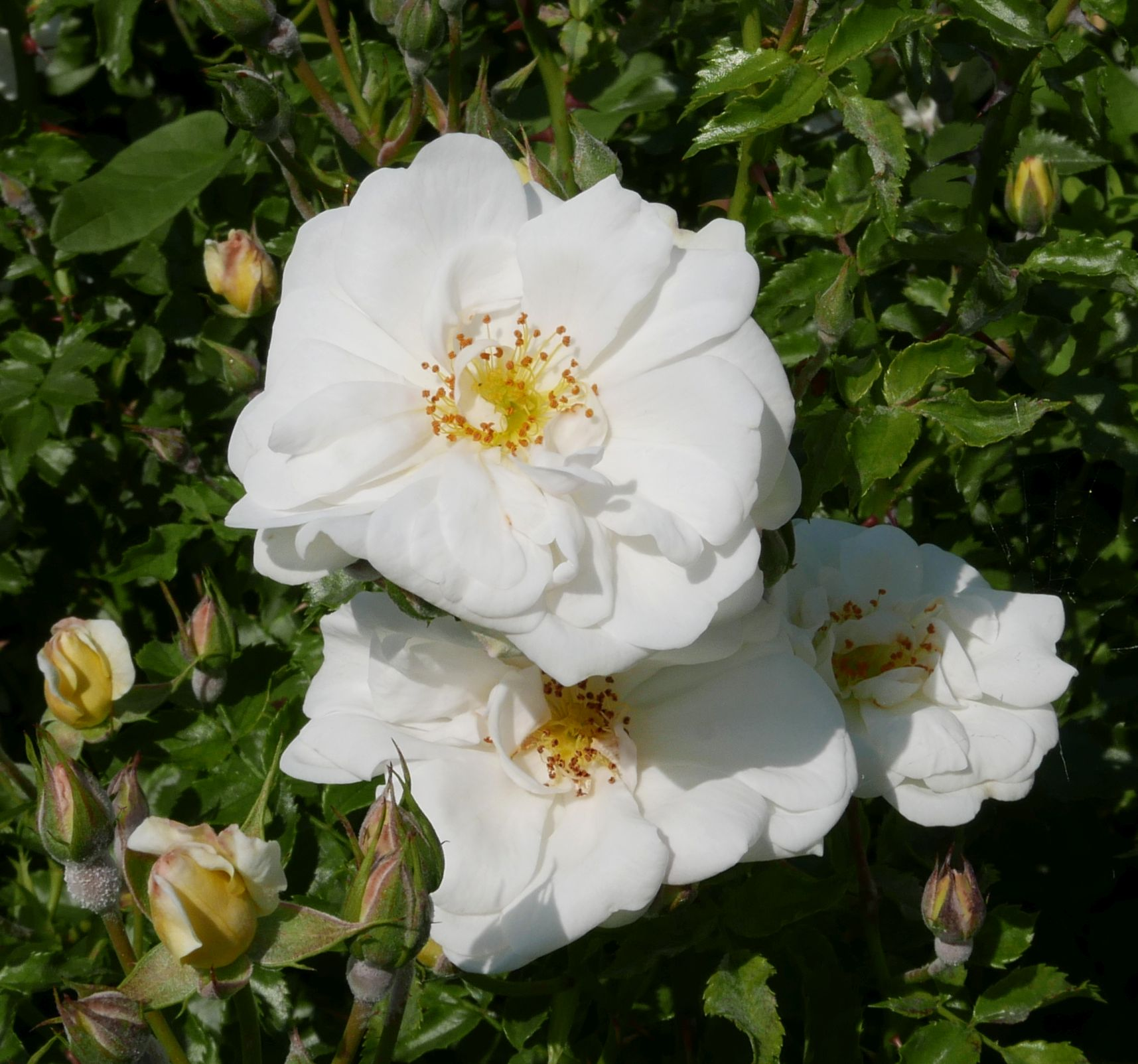
‘Diamant’, Kordes Söhne, 2001
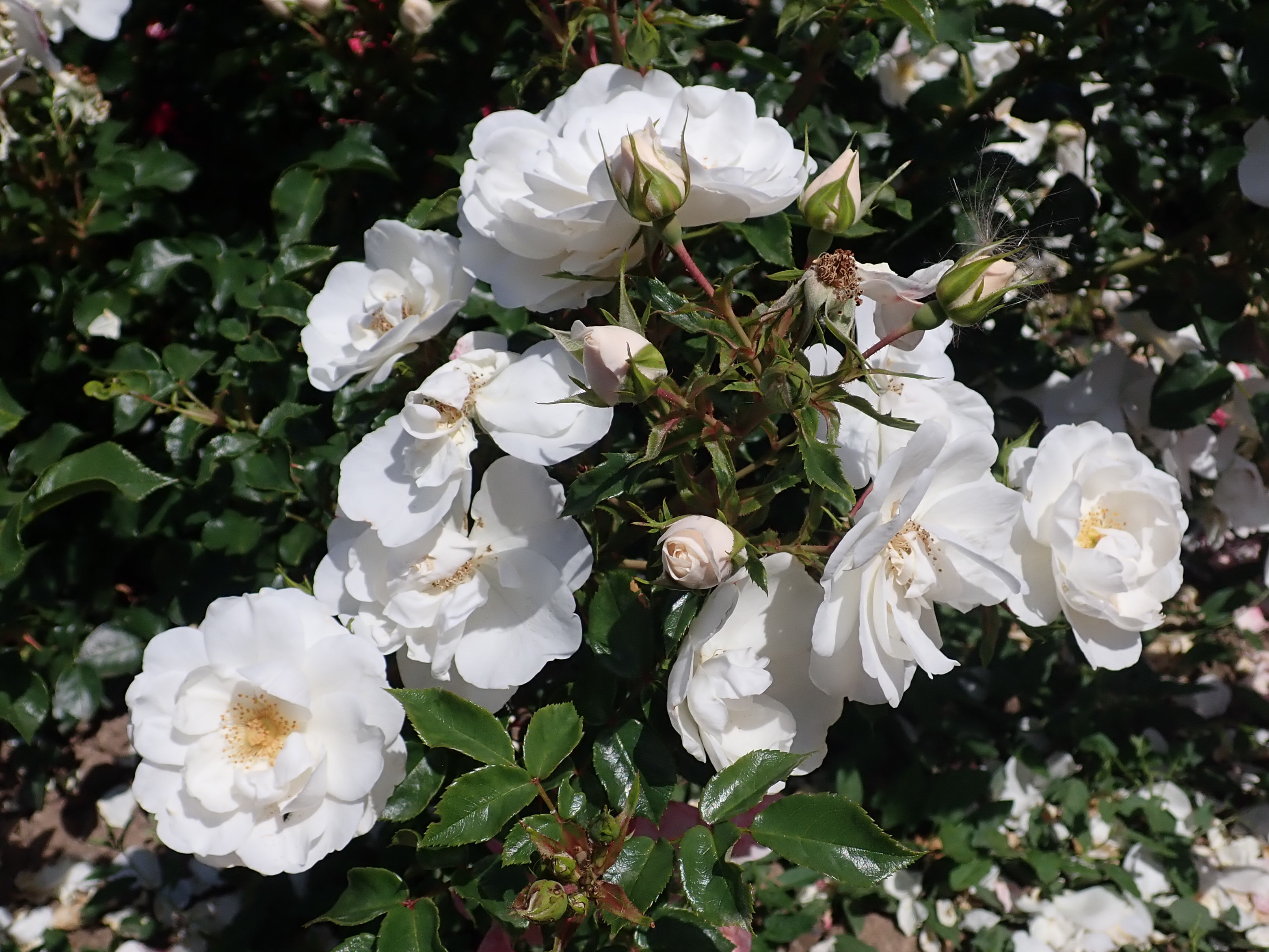
‘Diamond Border’, Olesen, 1990
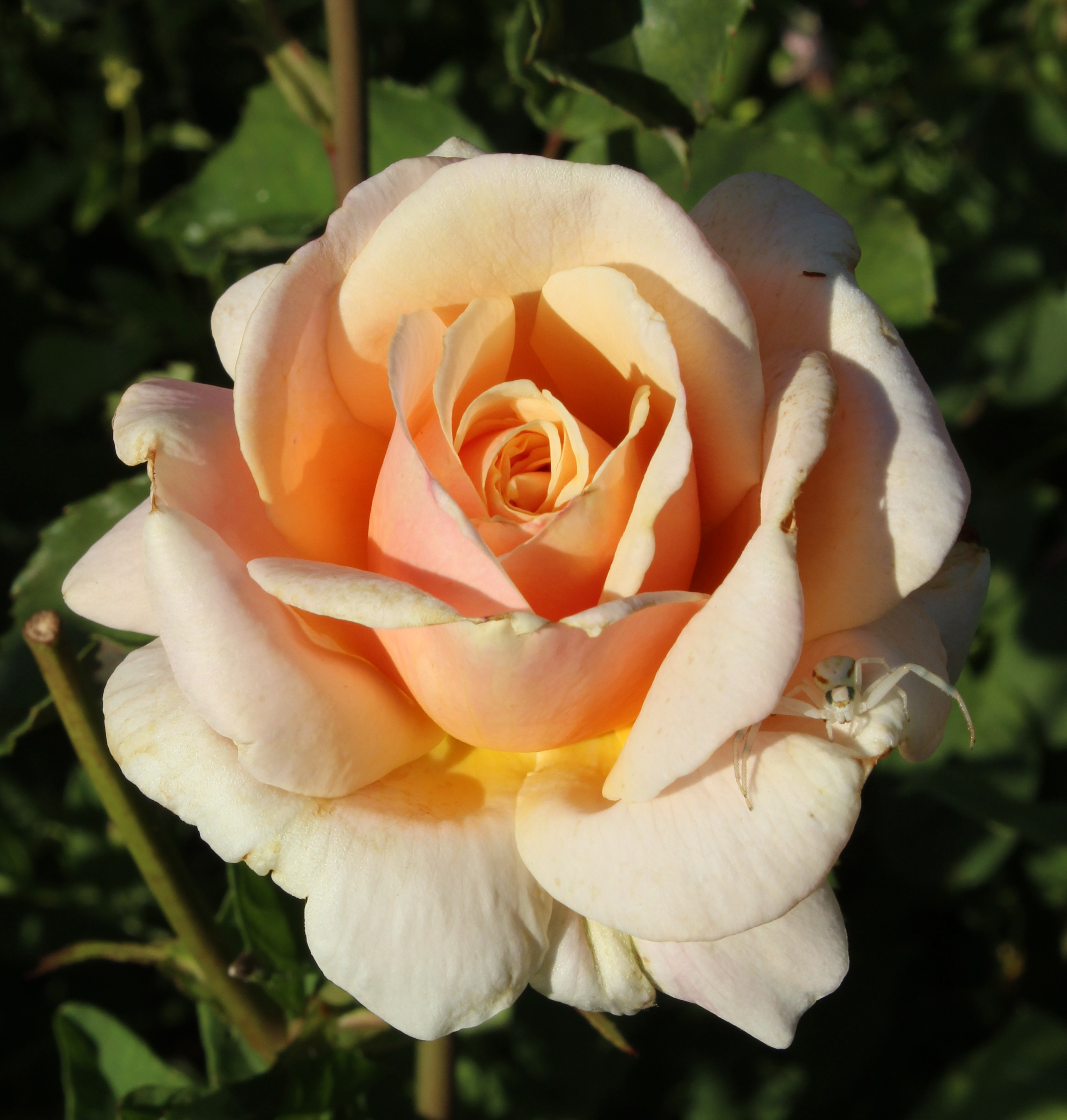
‘Diamond Jubilee’, Boerner, 1947
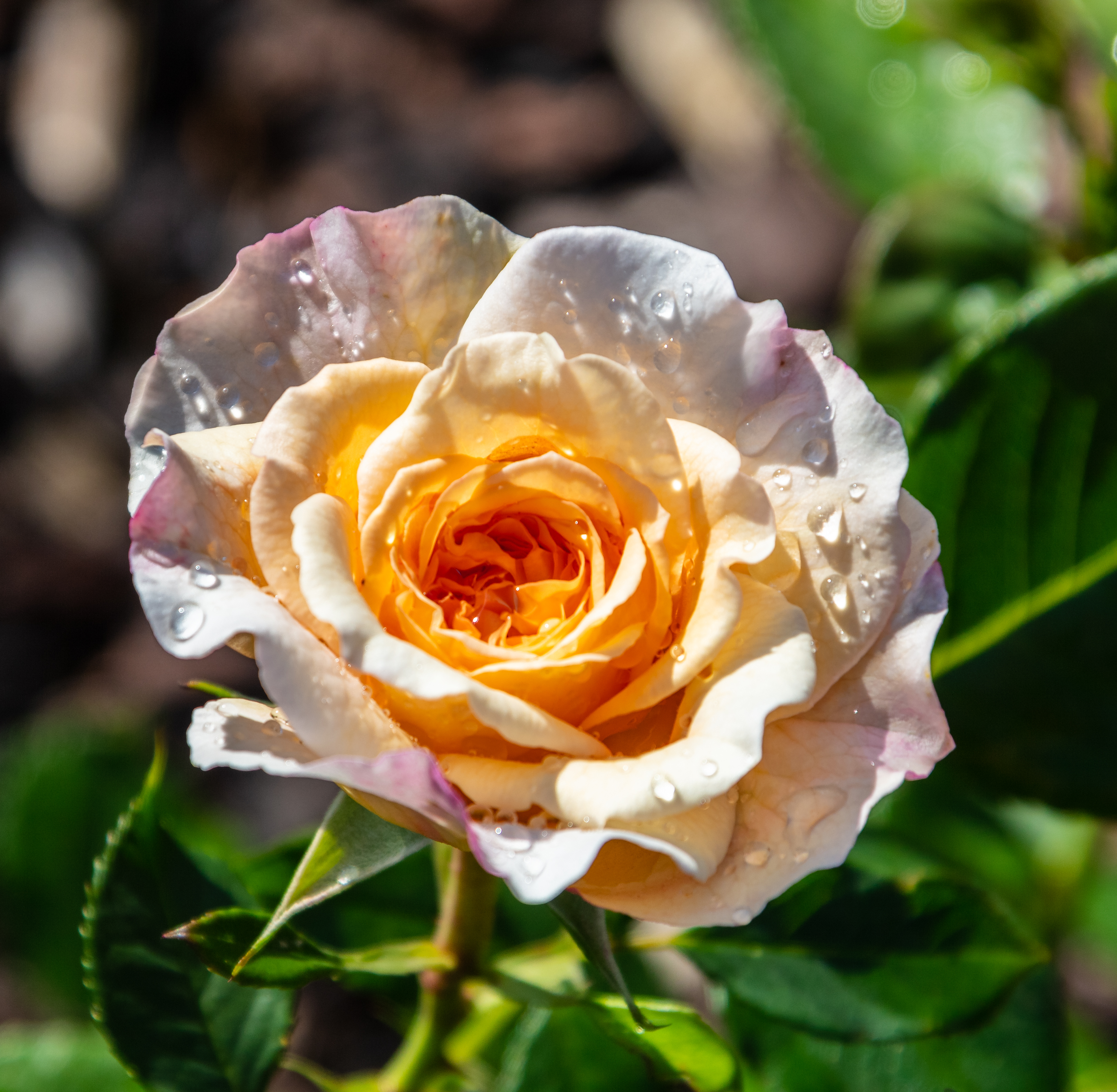
‘Diana’, Evers/Tantau, 1997
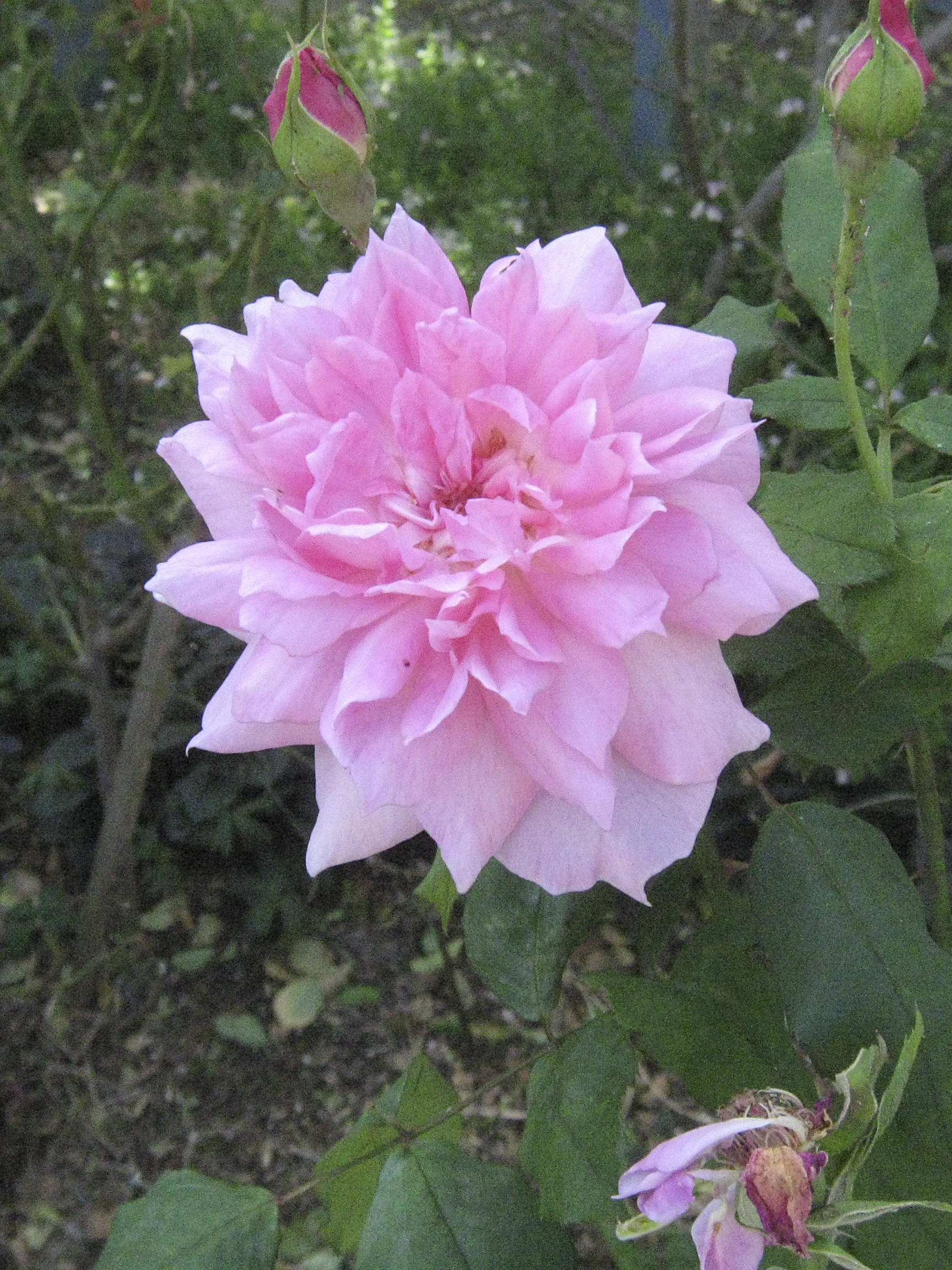
‘Diana Allen’, Alister Clark, 1939
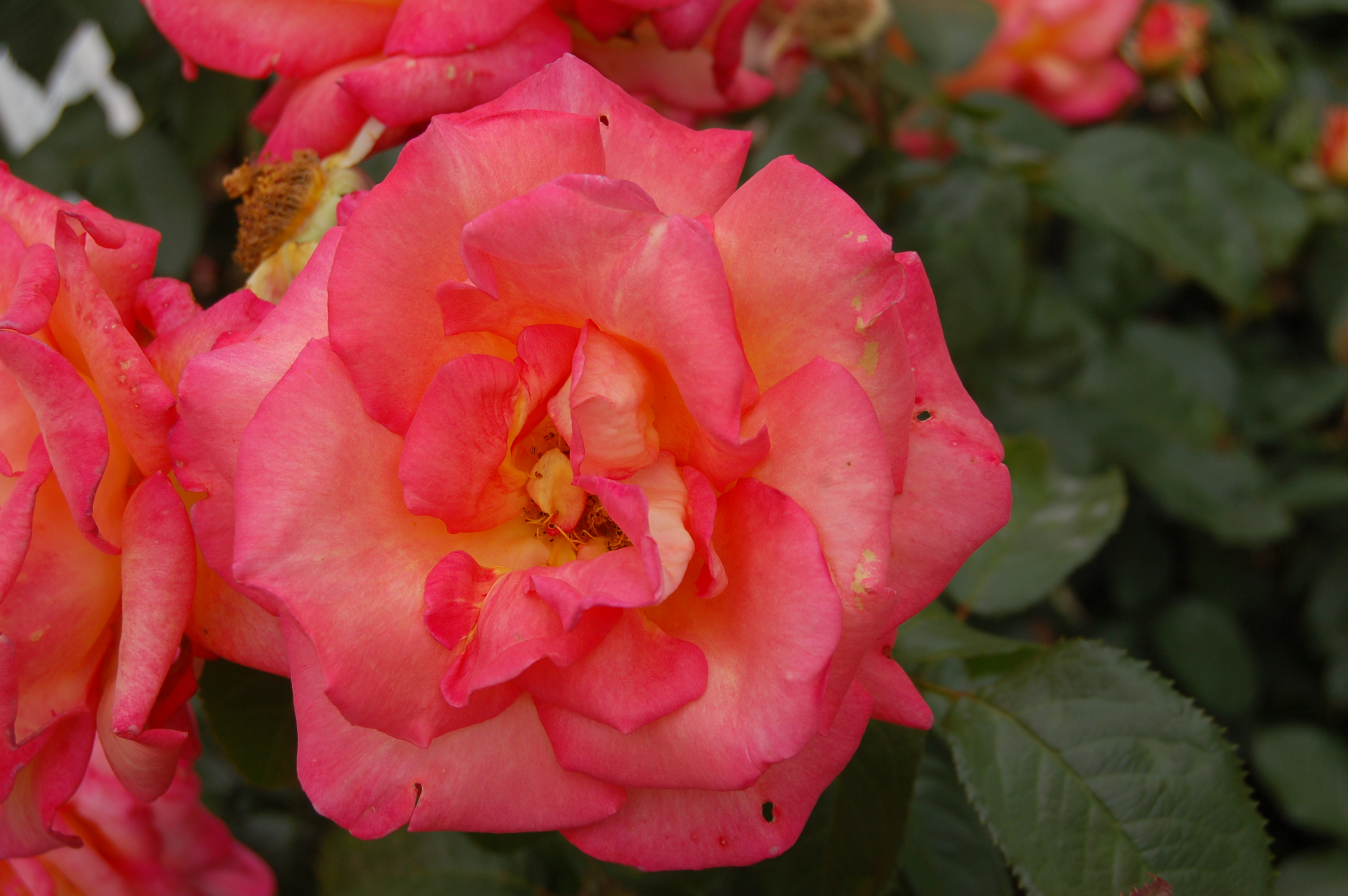
‘Die WELT’, Kordes, 1976
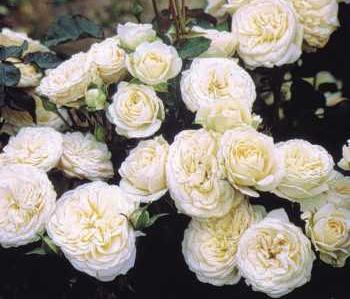
‘Dietrich Woessner’, Huber, 2000
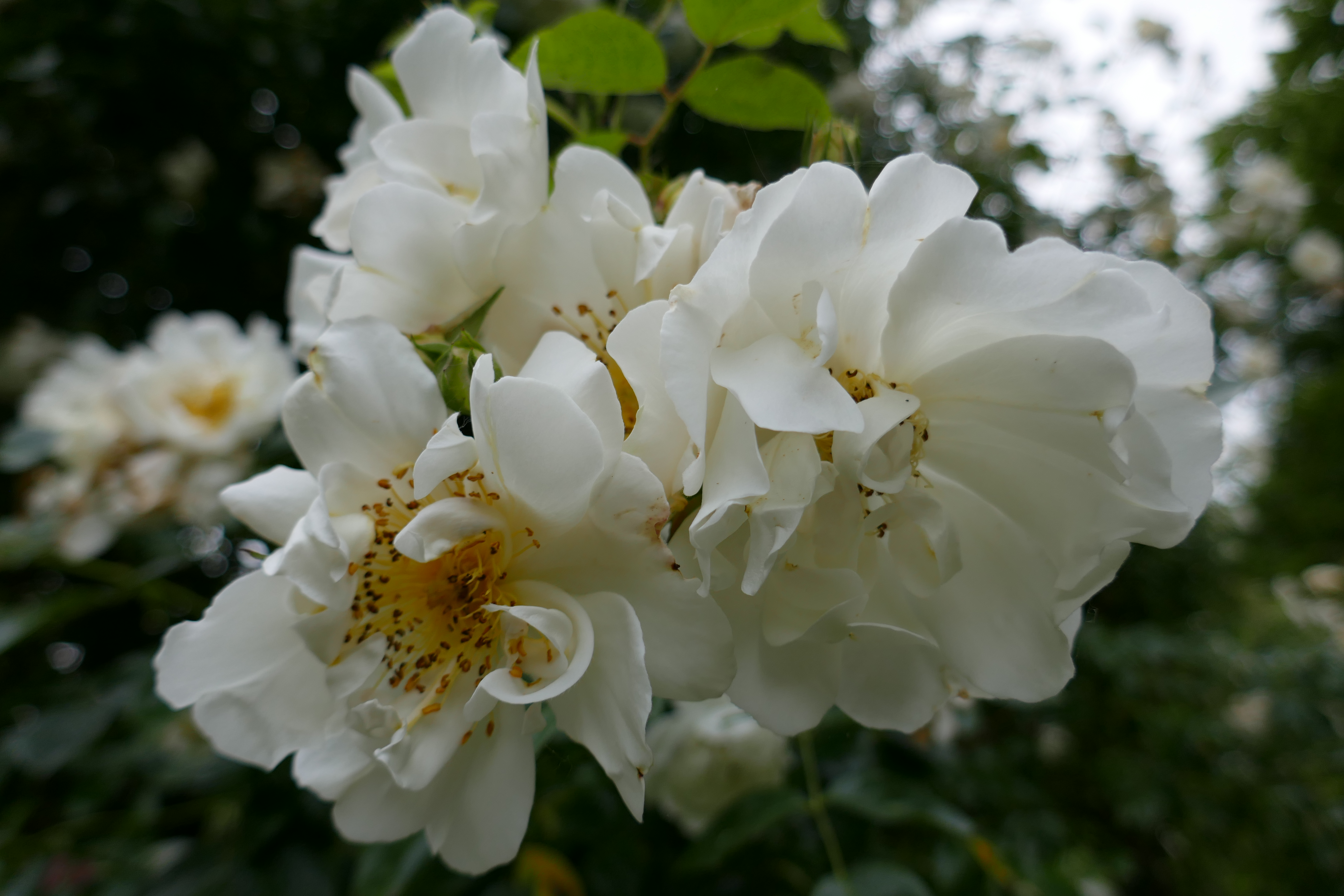
‘Direktor Benschop’, Tantau, 1945
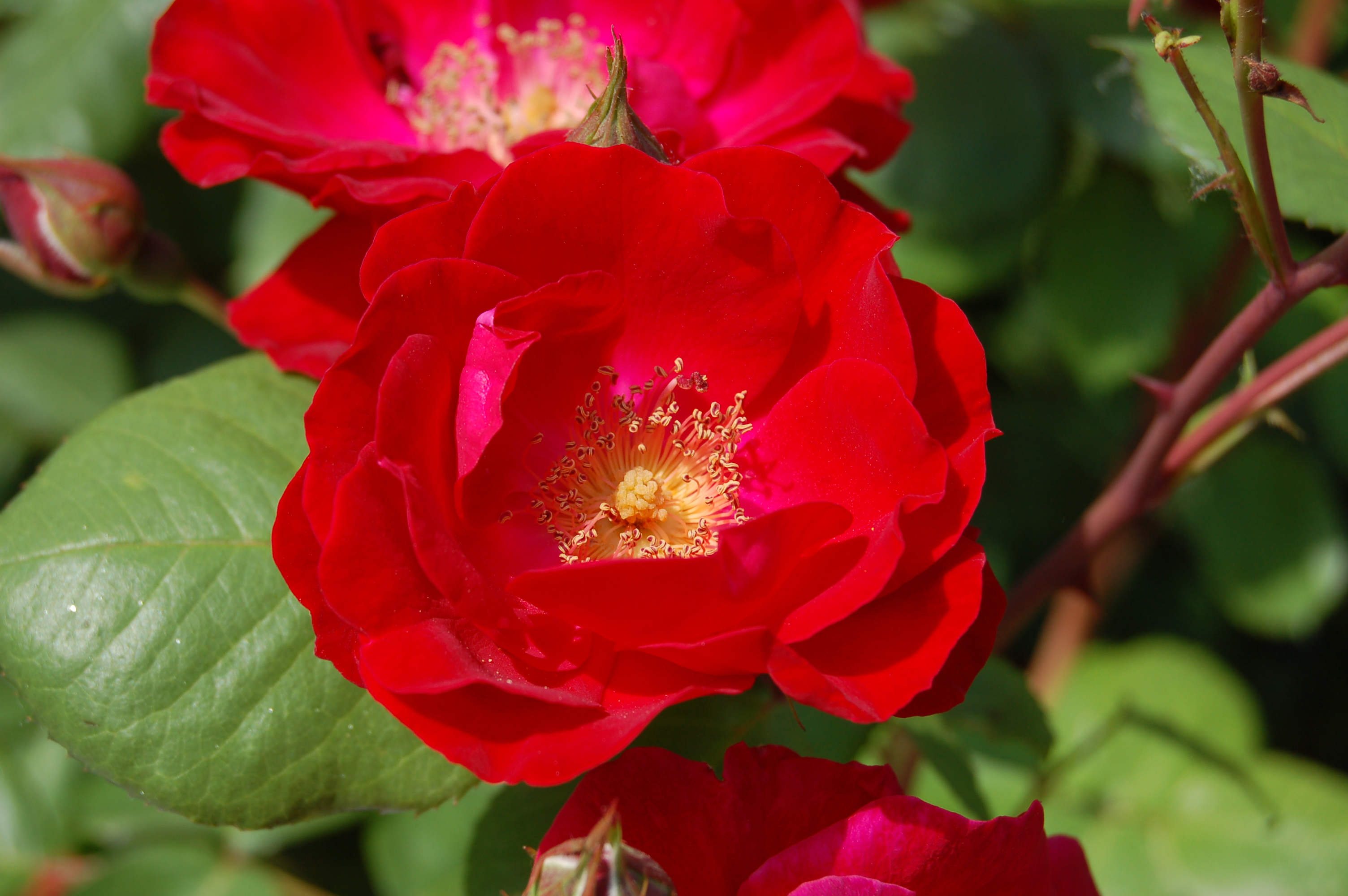
‘Dirigent’, M. Tantau jun., 1956
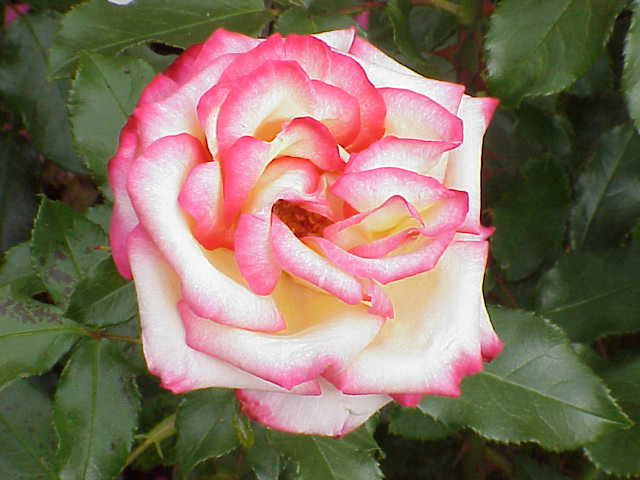
‘Disco’, Harkness, 1980
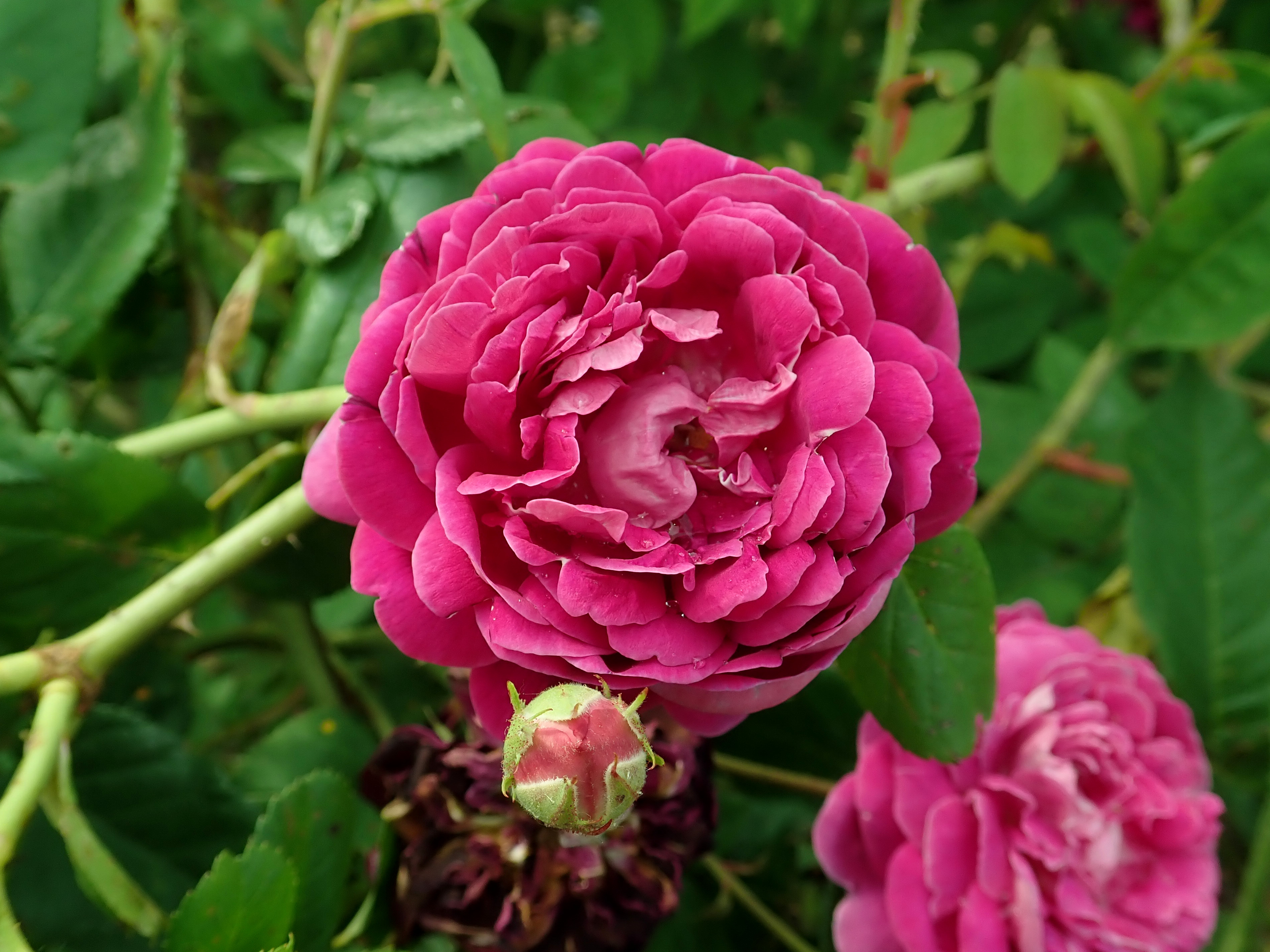
‘Dis moi qui je suis’, ?
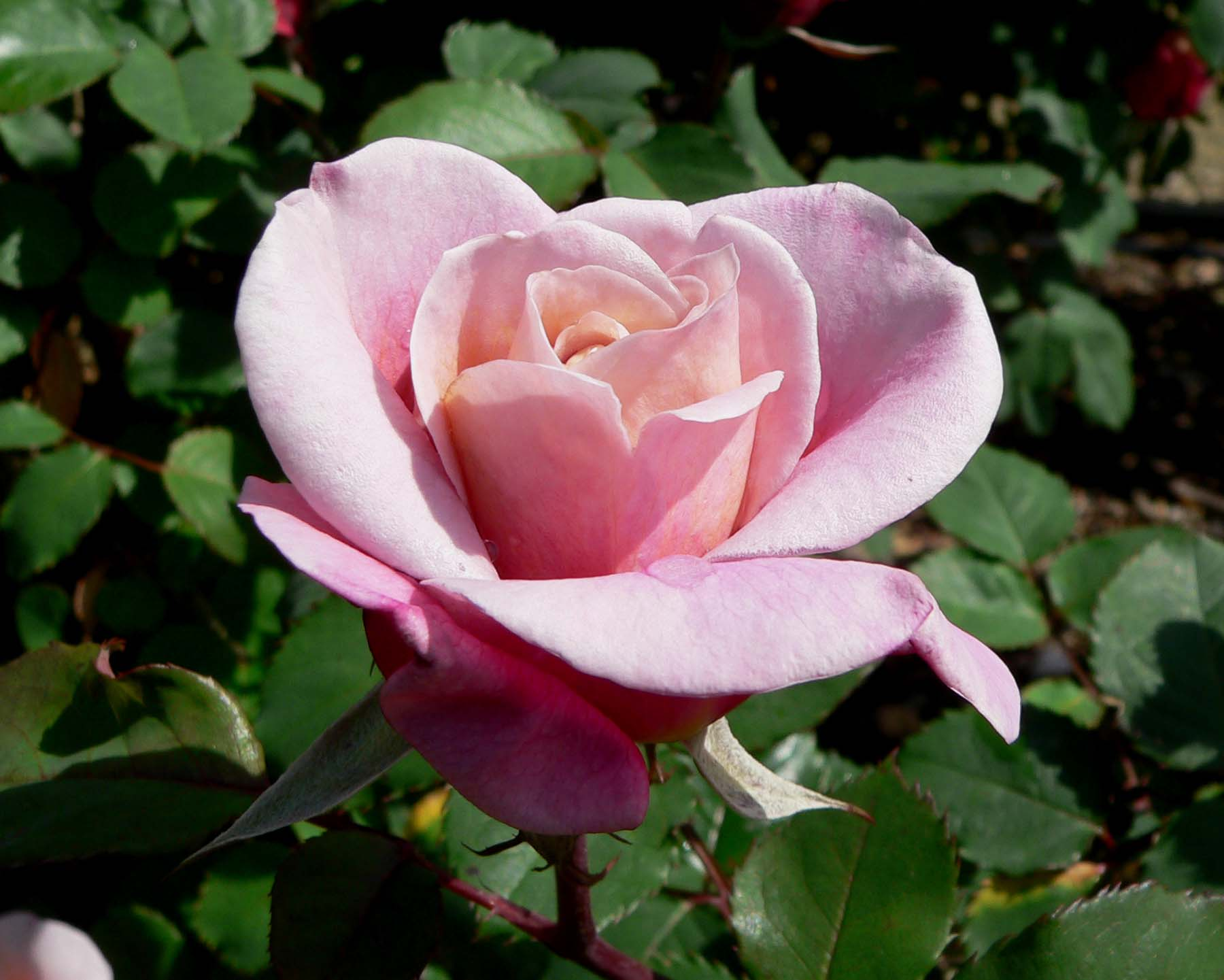
‘Distant Drums’, Buck, 1984
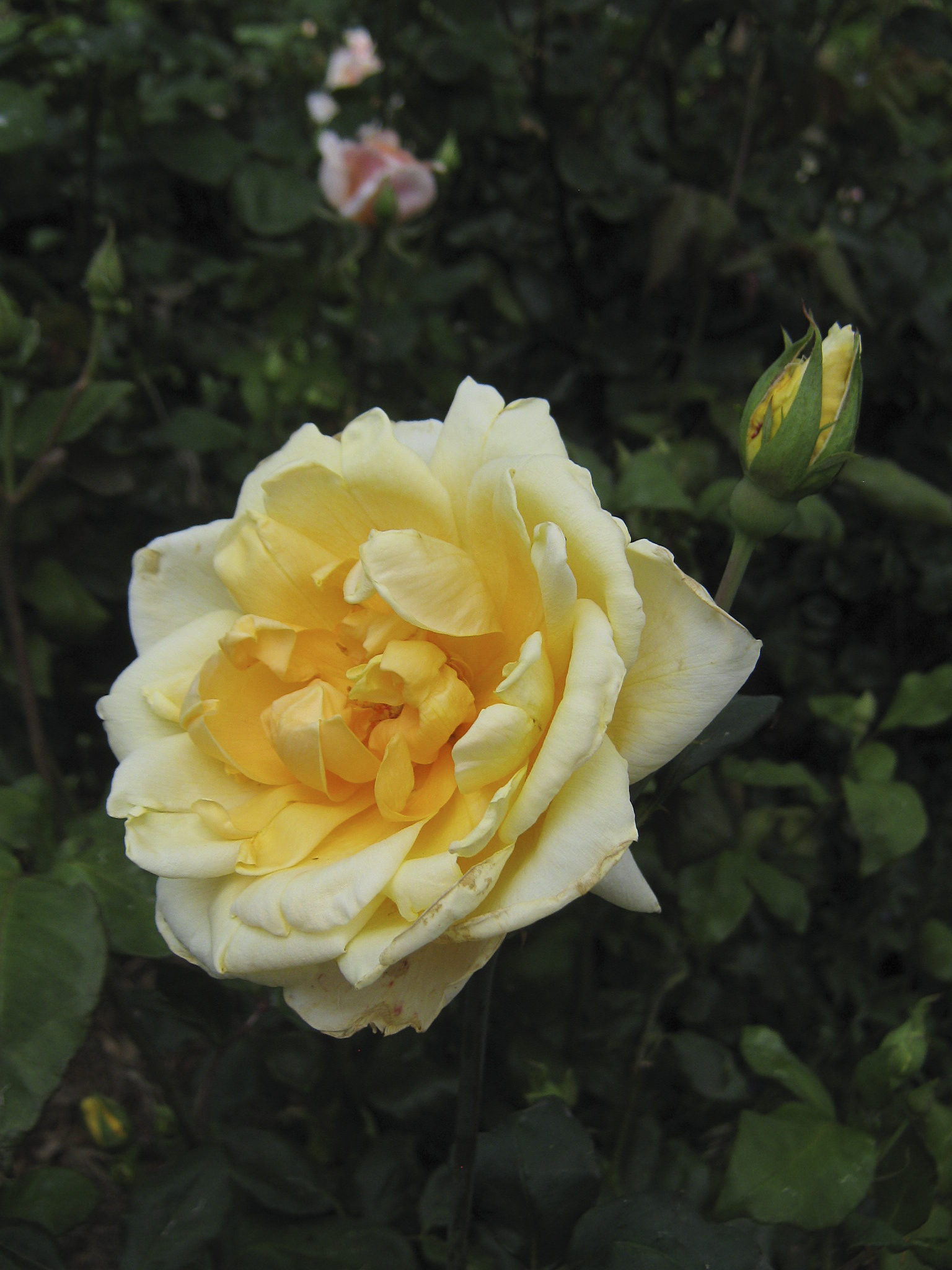
‘Dividend’, Alister Clark, 1931
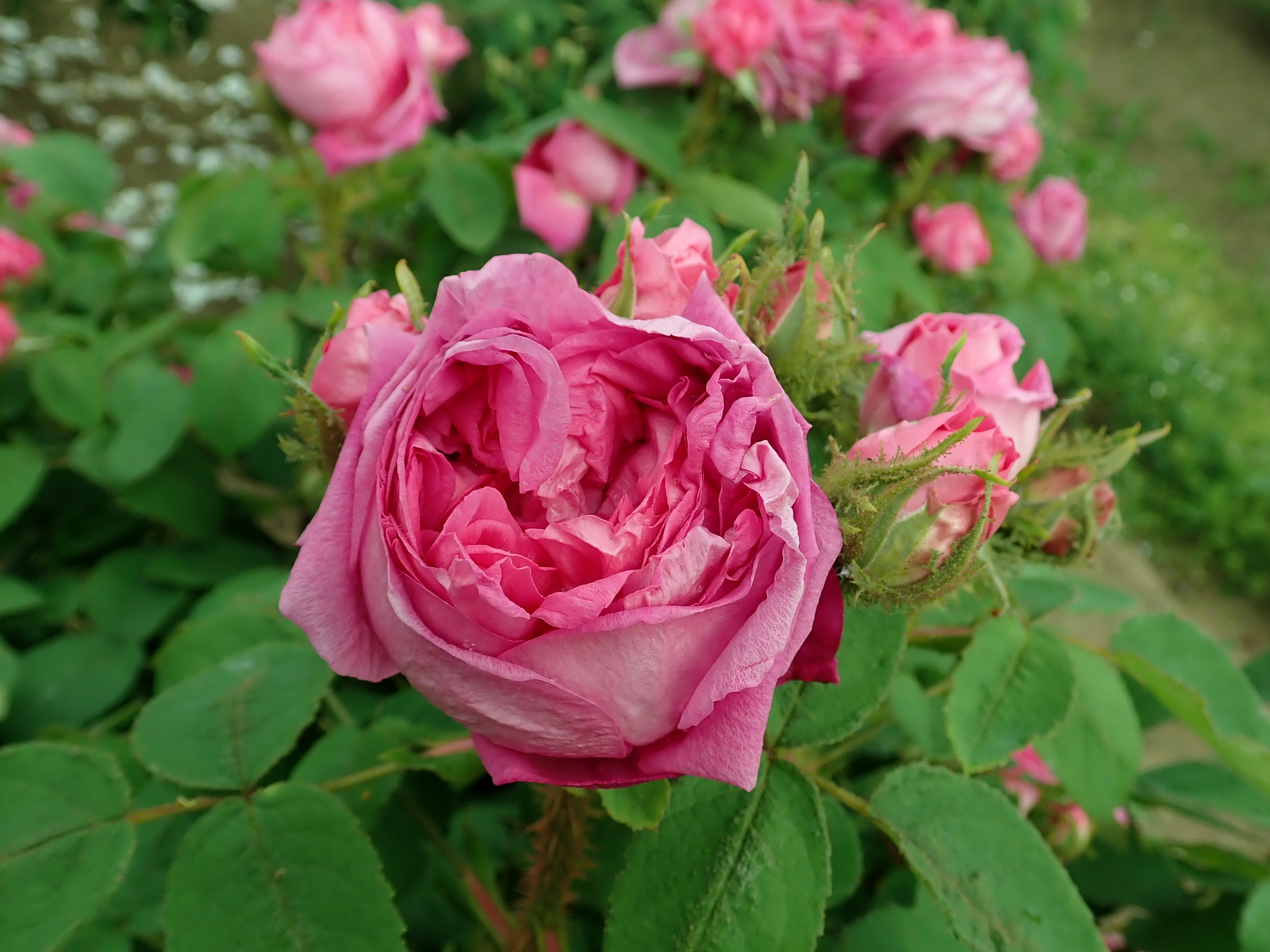
‘Docteur Marjolin’, Robert & Moreau, 1860
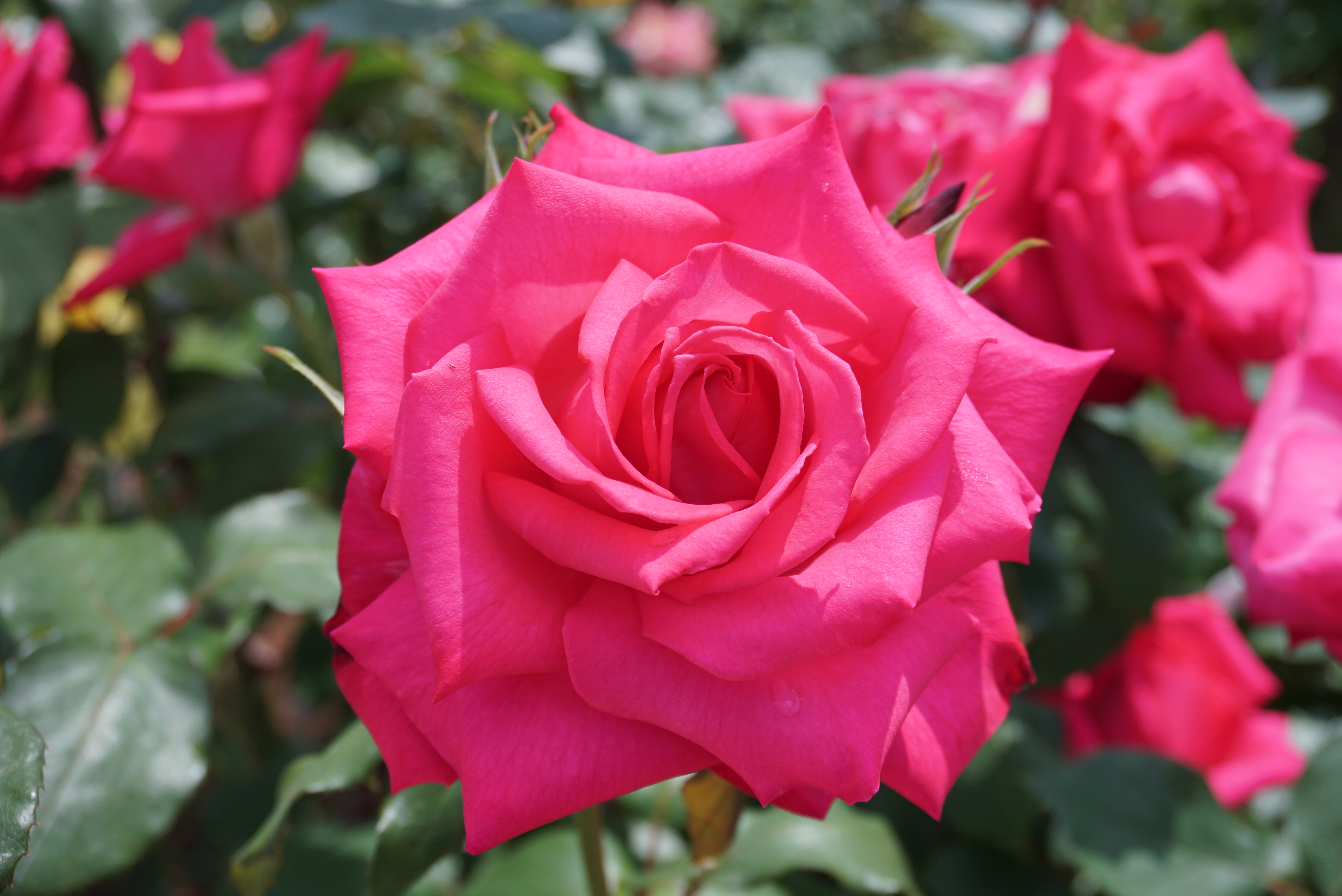
‘Dolce Vita’, Delbard, 1971
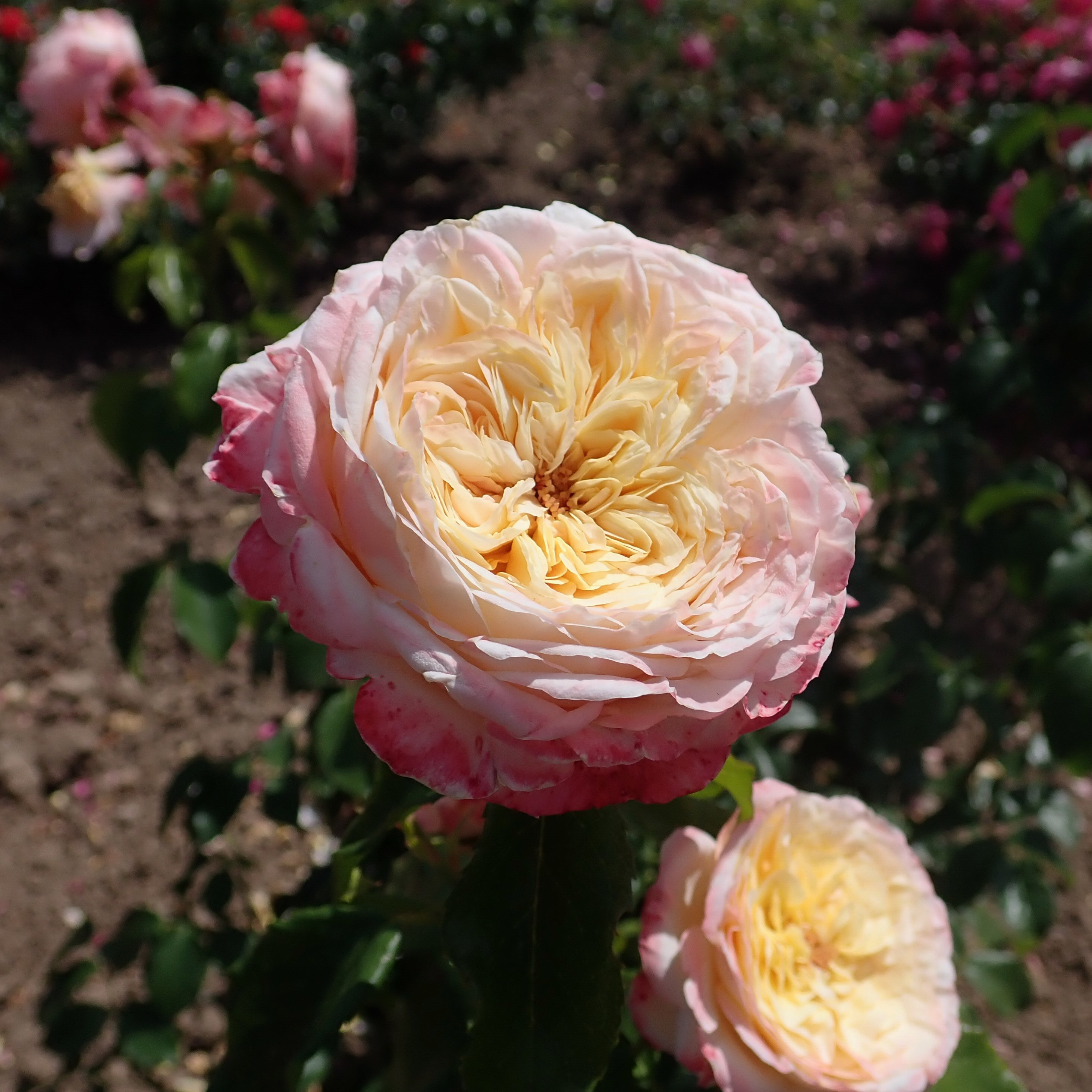
‘Domaine de Chantilly’, Delbard, 2007
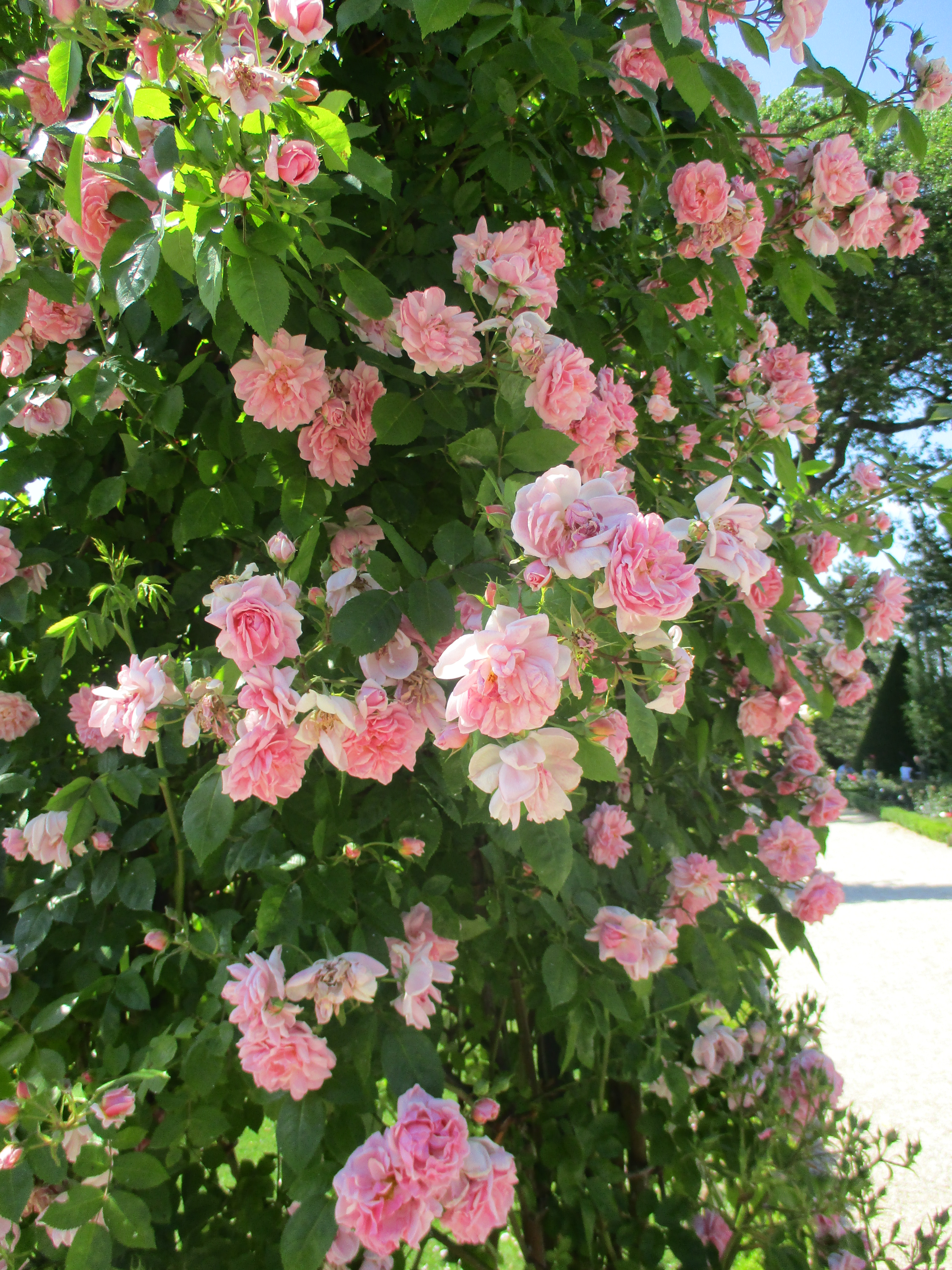
‘Domaine de Courson’, Meilland, 1993
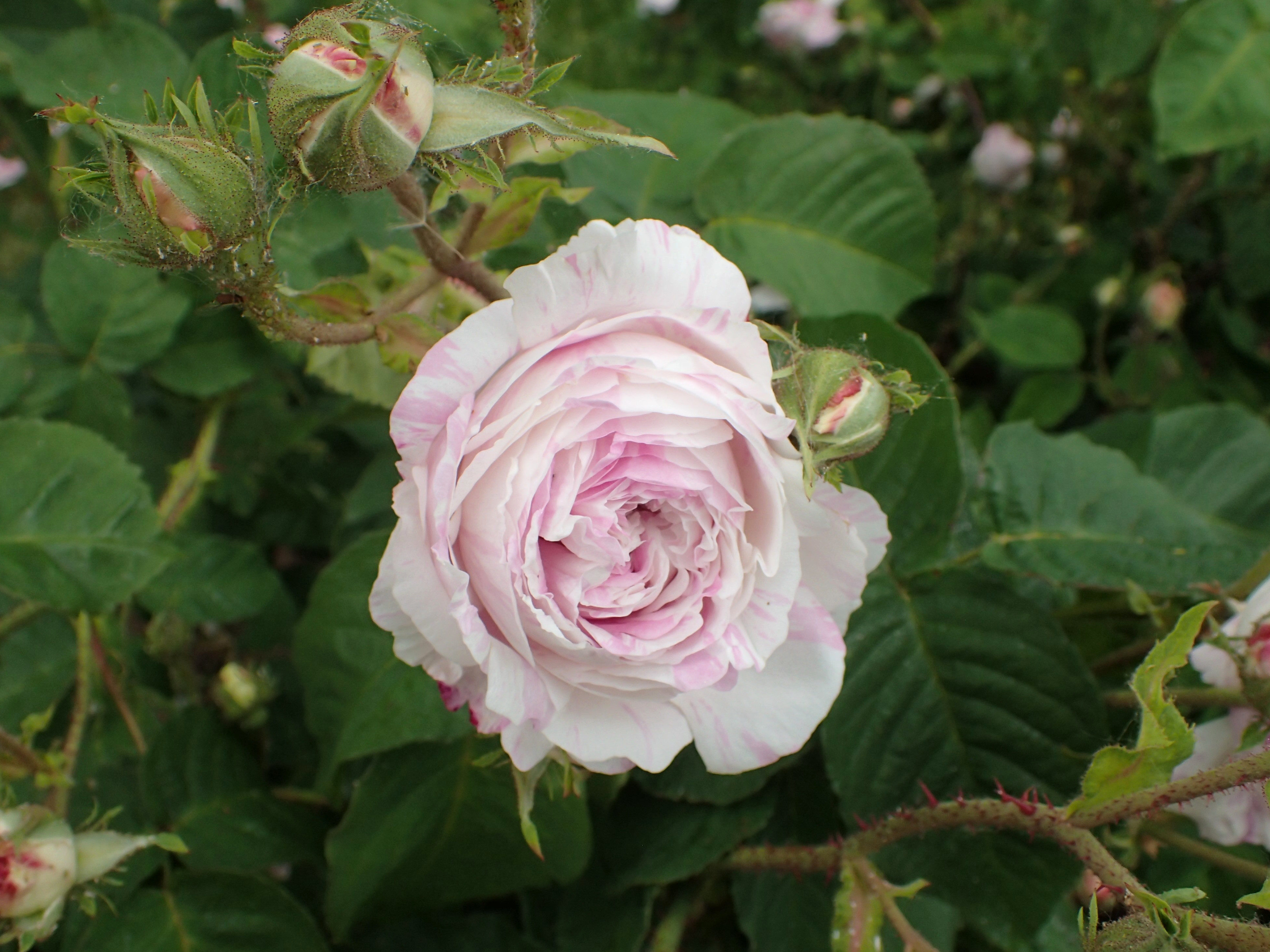
‘Dométile Bécar’, vor 1883
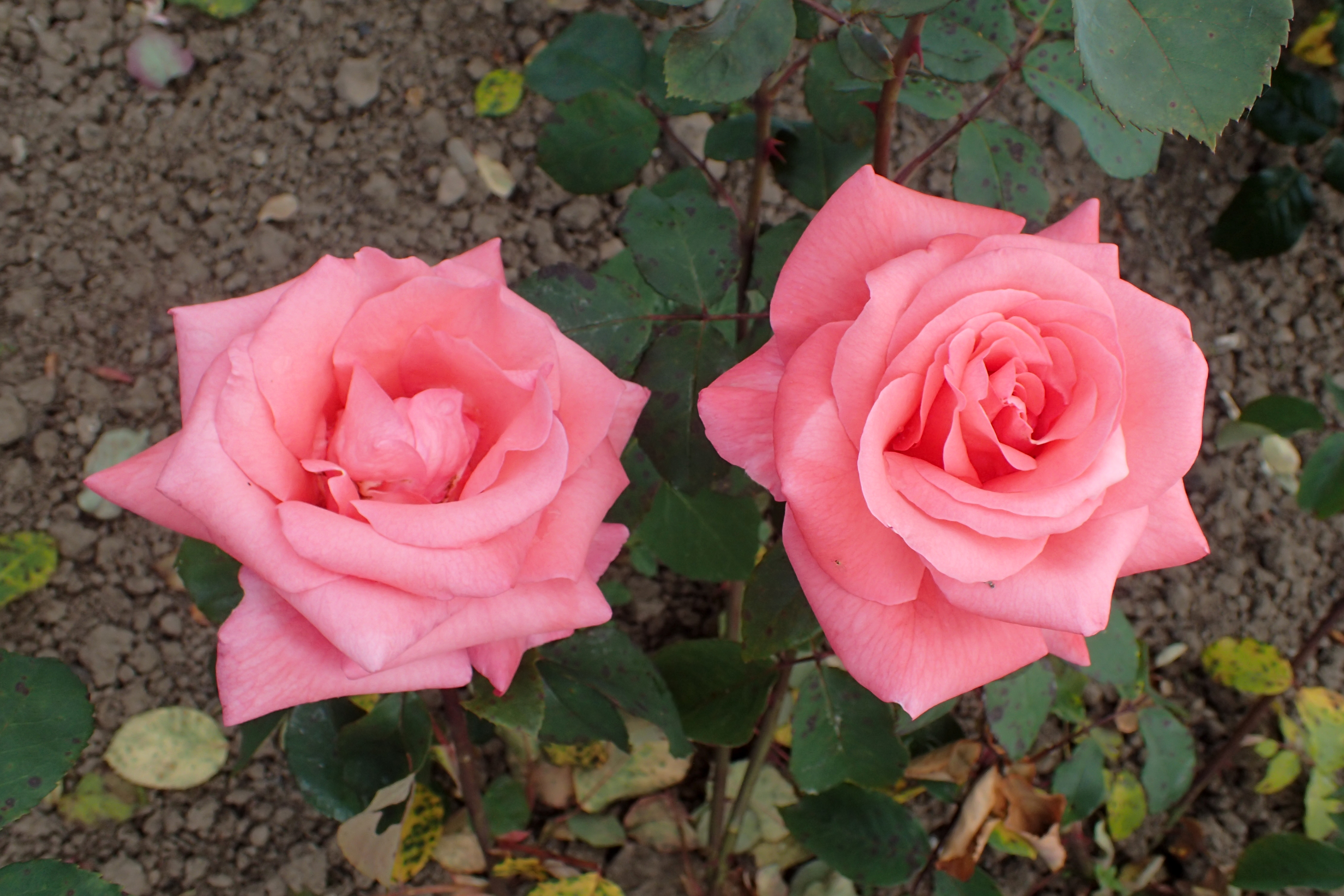
‘Domila’, Louis Laperriére, 1971
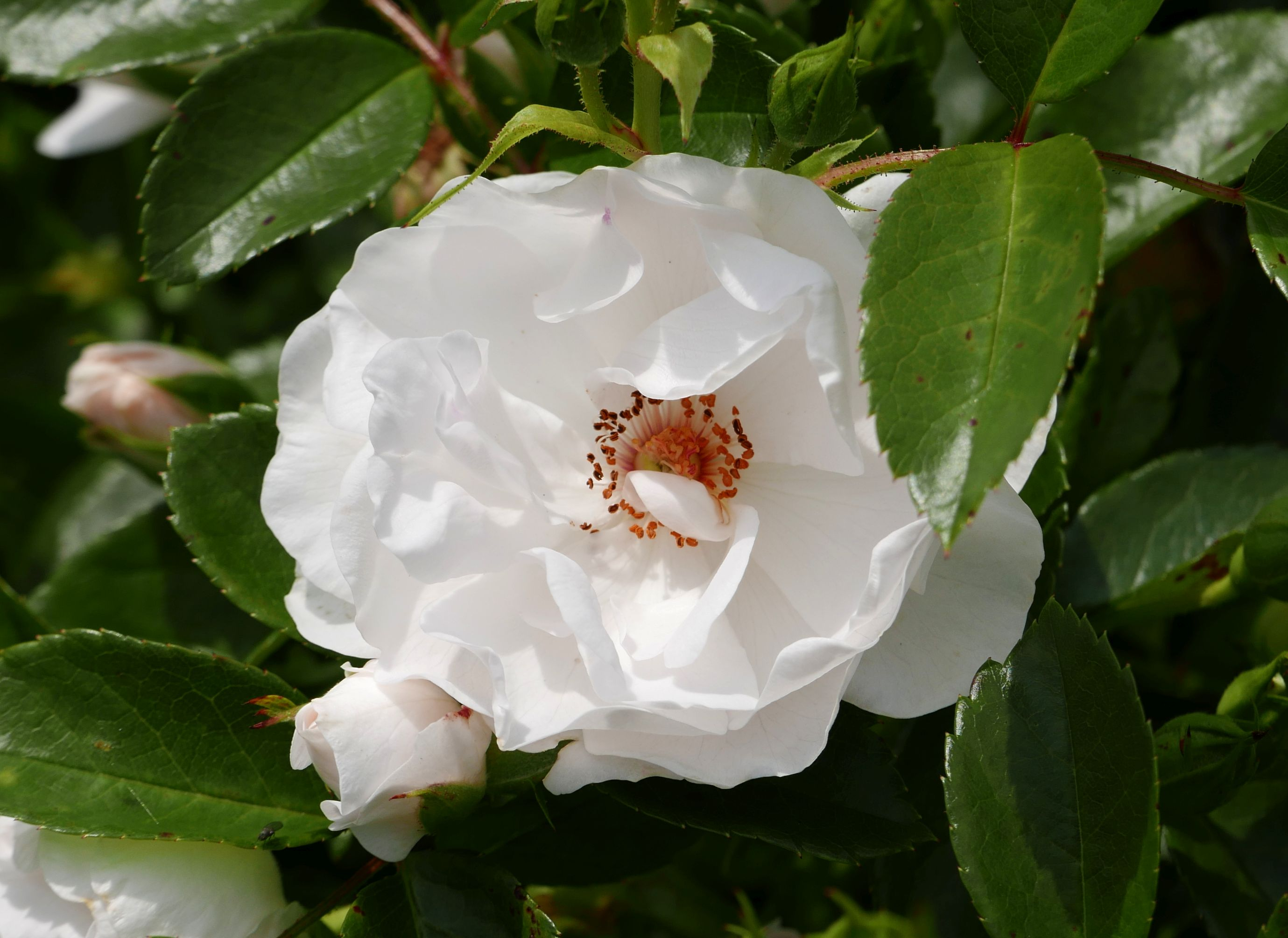
‘Dominique Loiseau’, Delbard, 2003
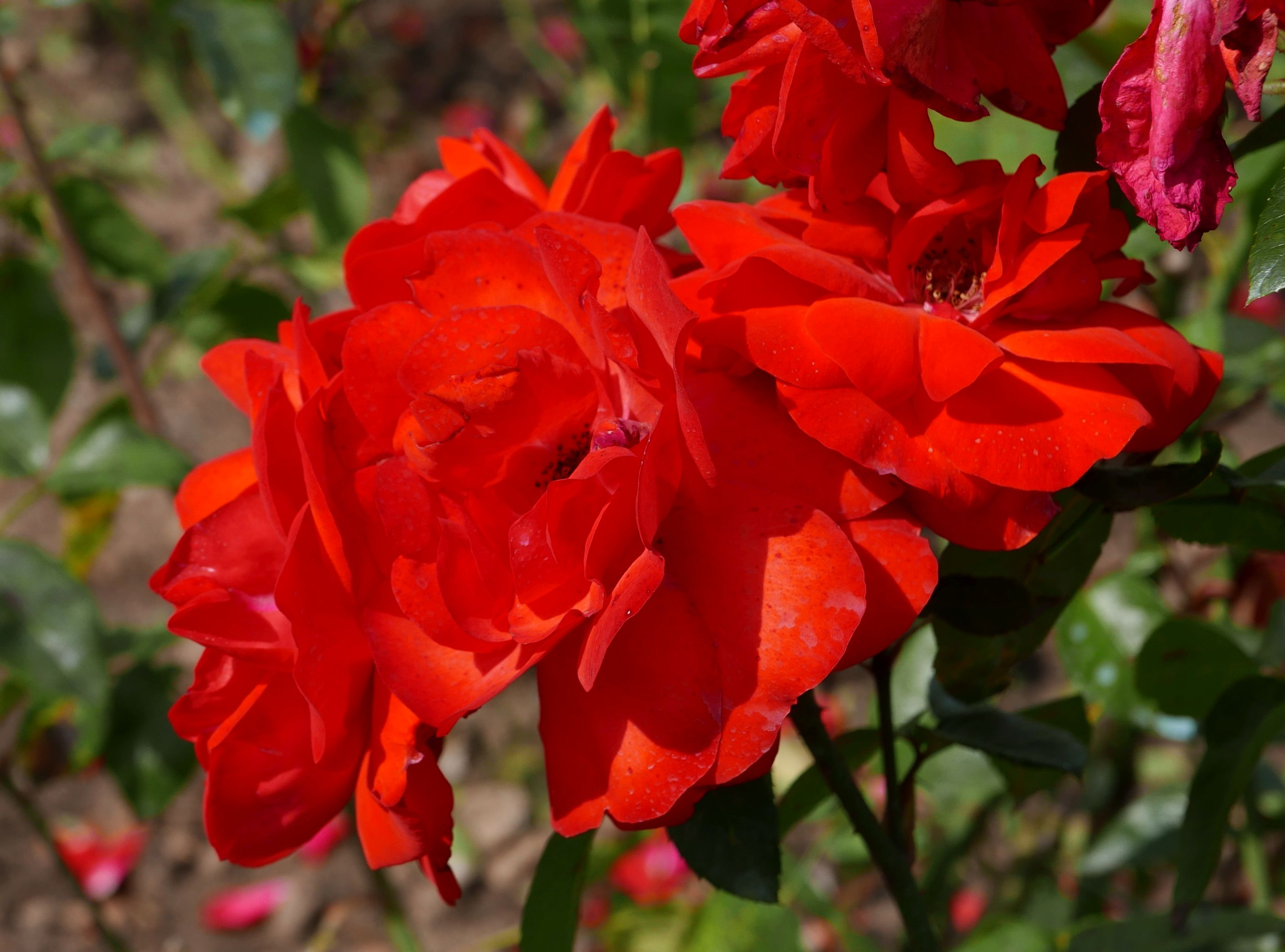
‘Domstadt Fulda’, Kordes, 1994
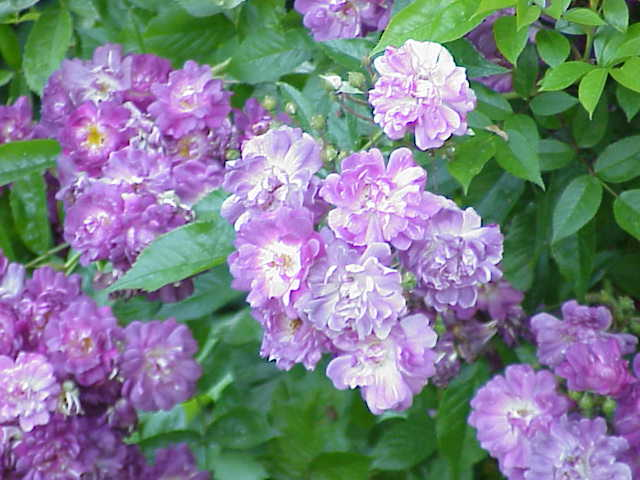
‘Donau’, Praskac, 1913
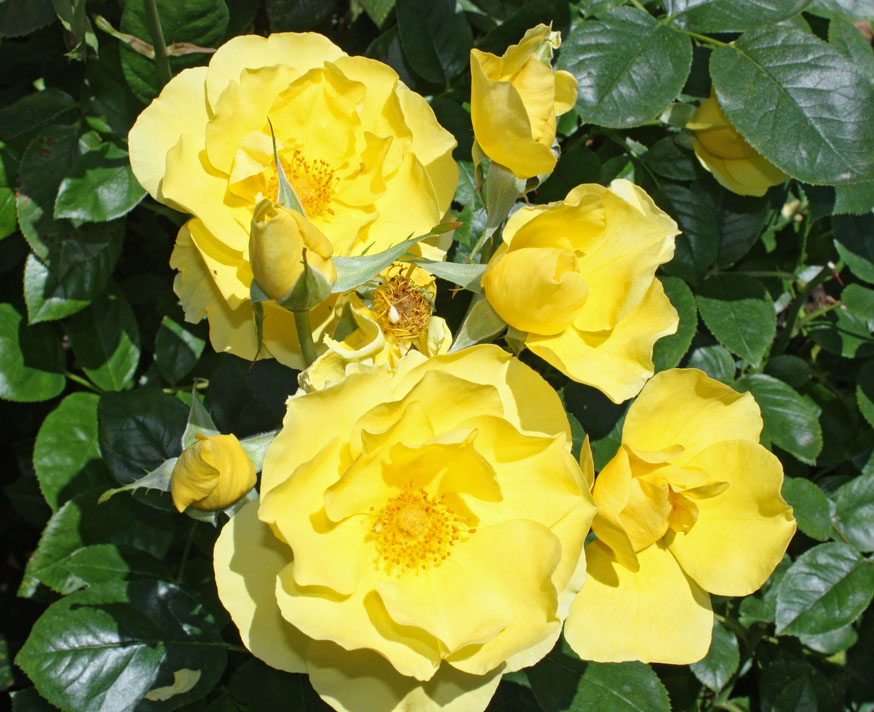
‘Donaugold' (eigtl. ‘Serendipity’), Harkness, 1999
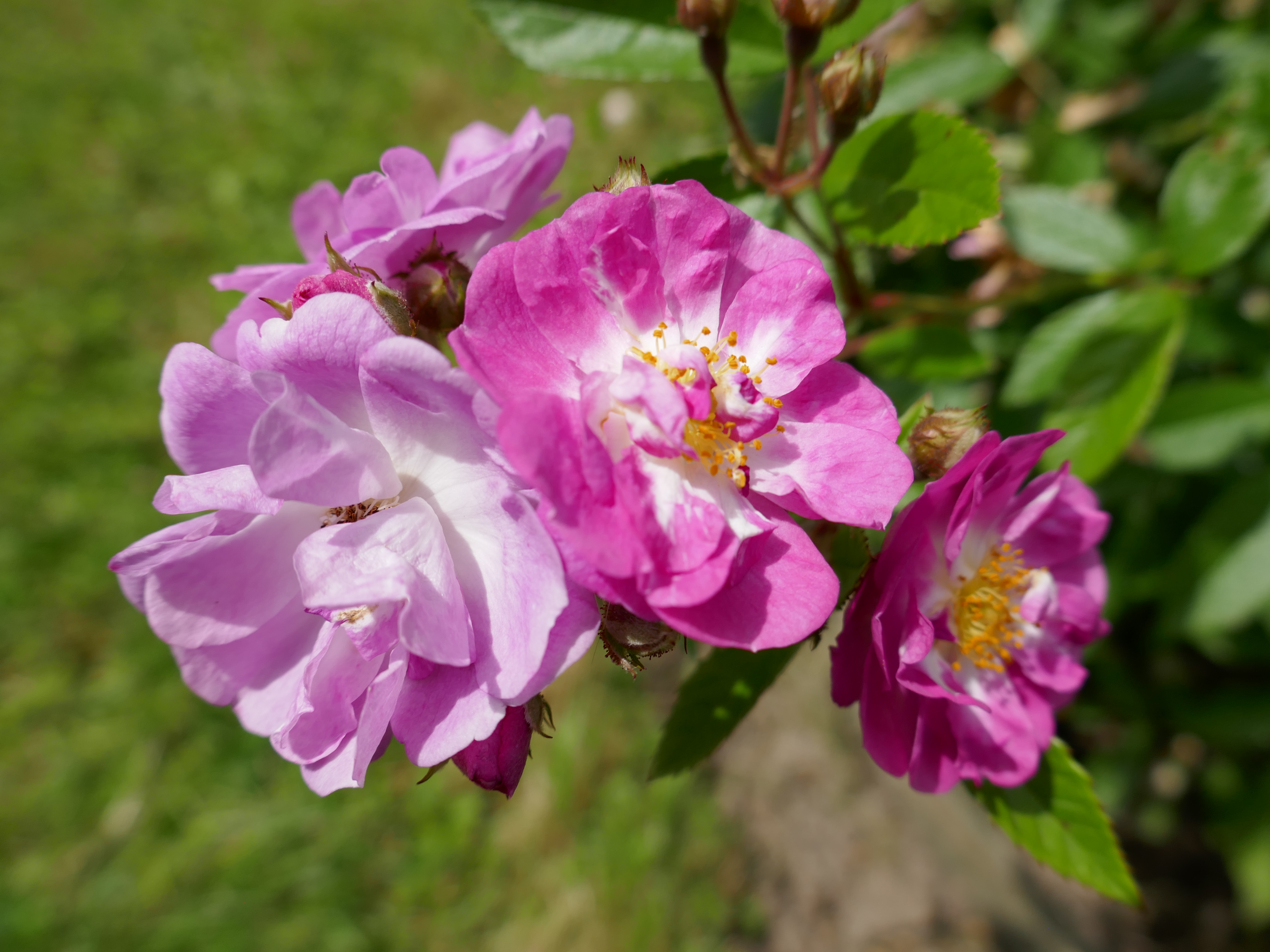
‘Donaunymphe’, Weihrauch, 2013
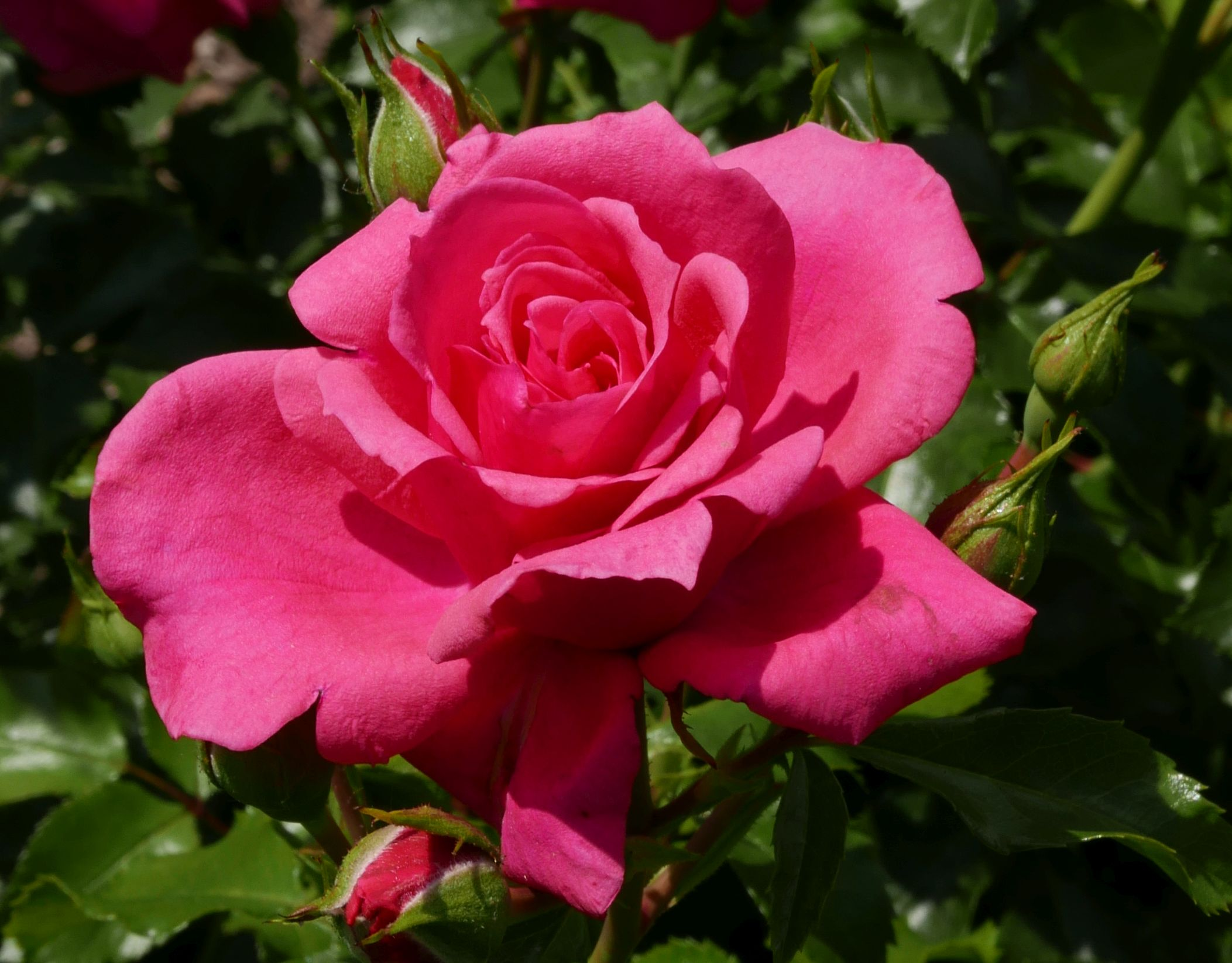
‘Donauprinzessin’, Noack, 1994
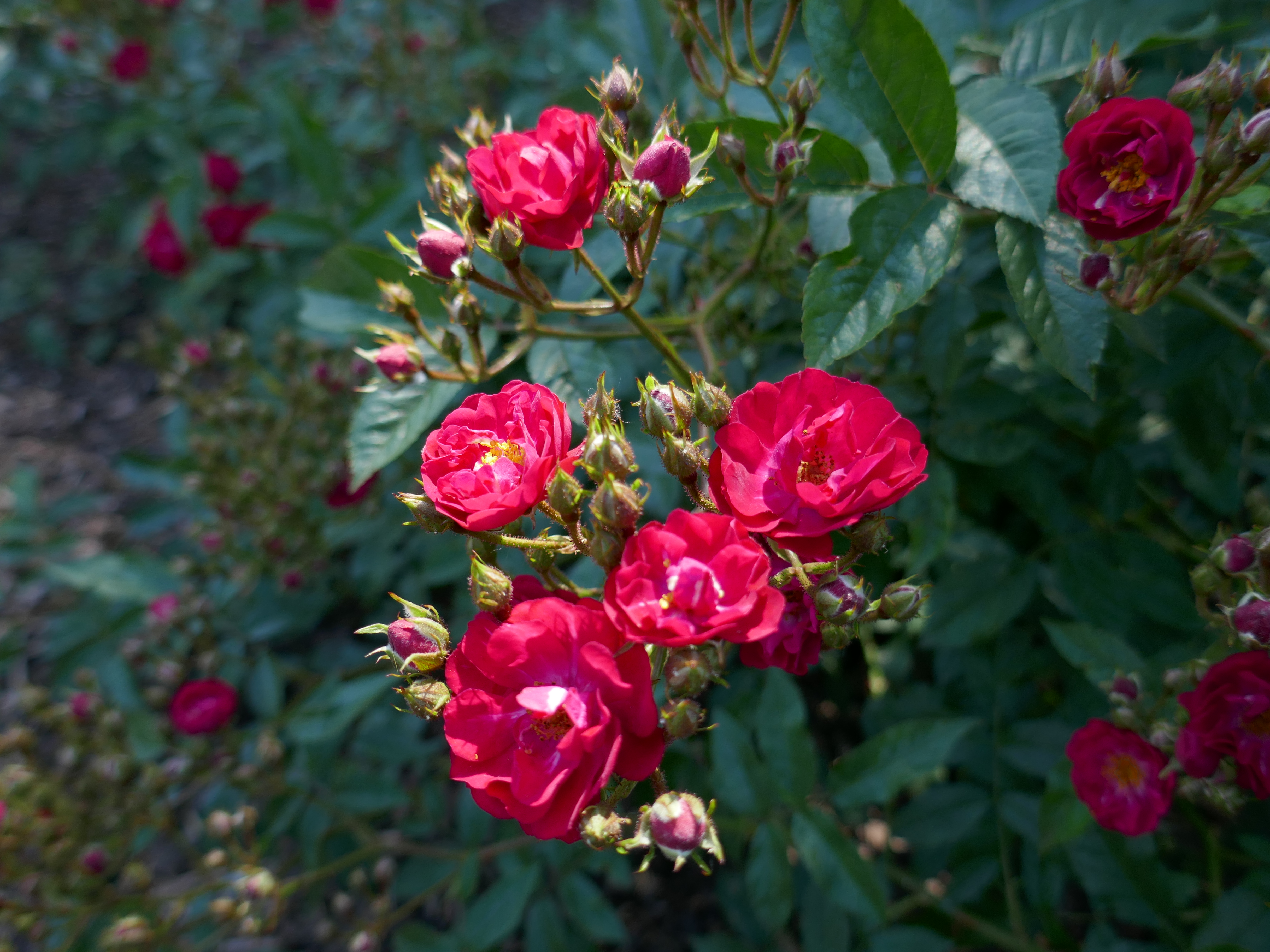
‘Dopey’, de Ruiter, 1954
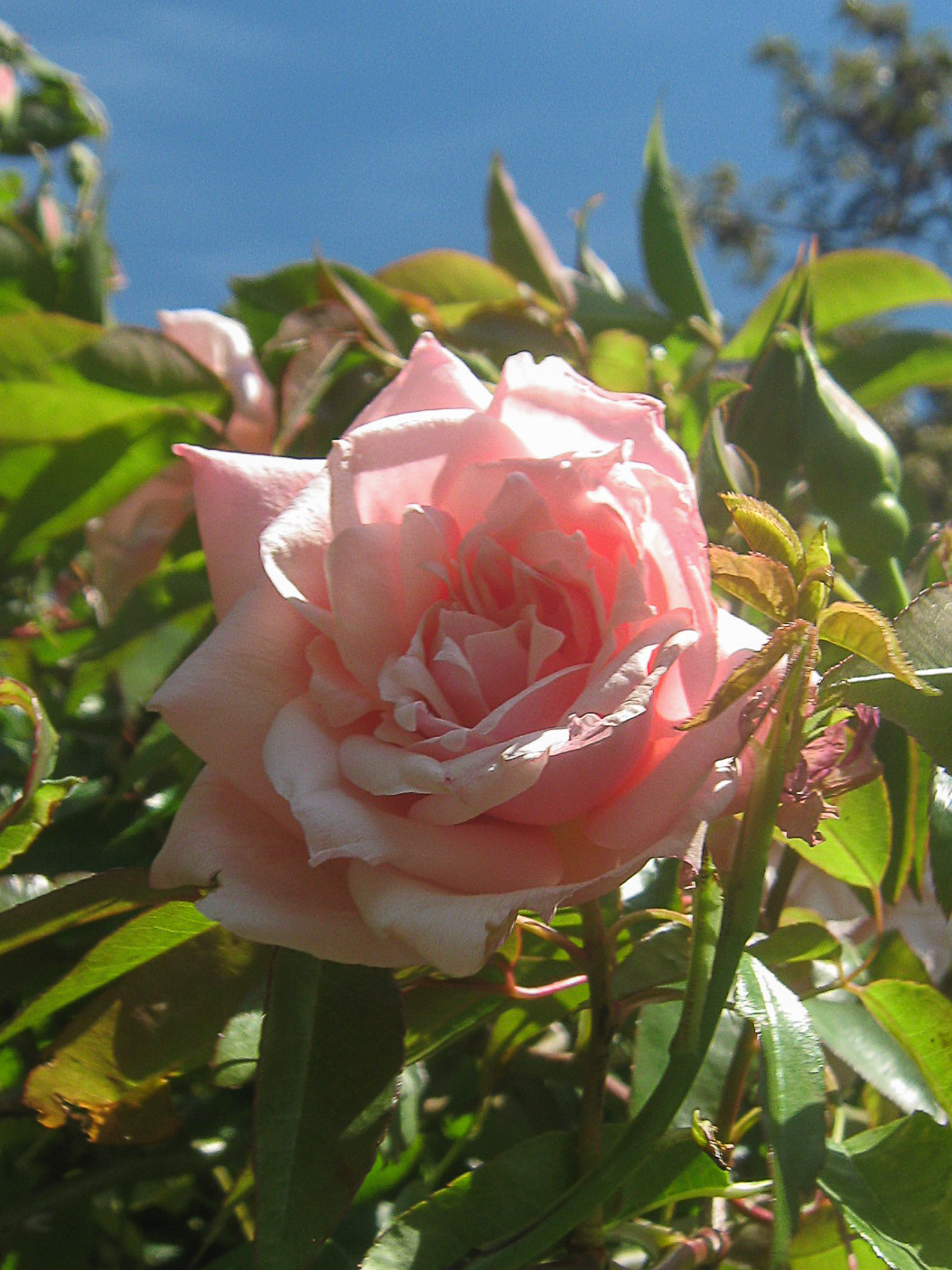
‘Doris Downs’, Alister Clark, 1931
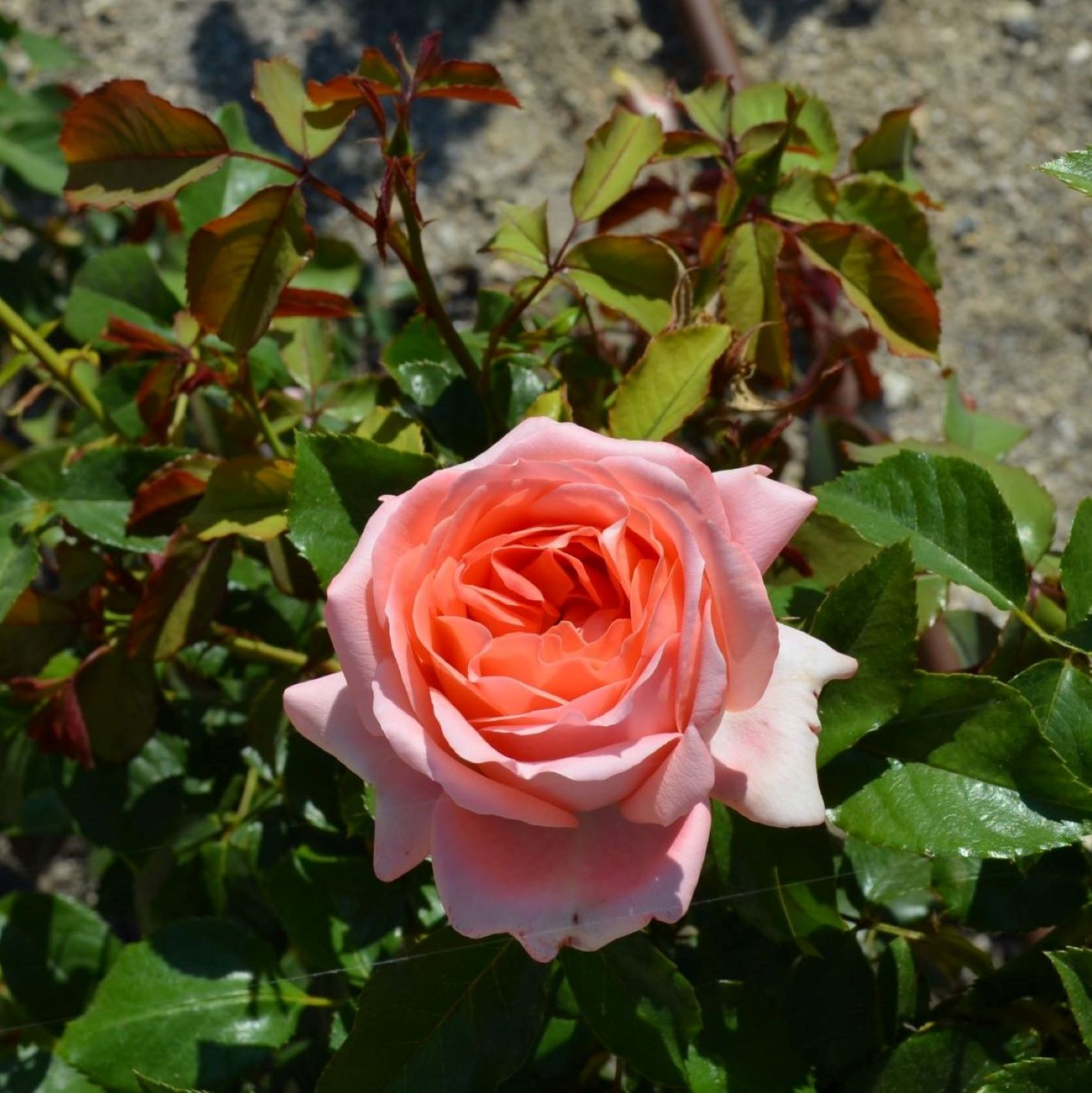
‘Dorita’, José Galán, 1976
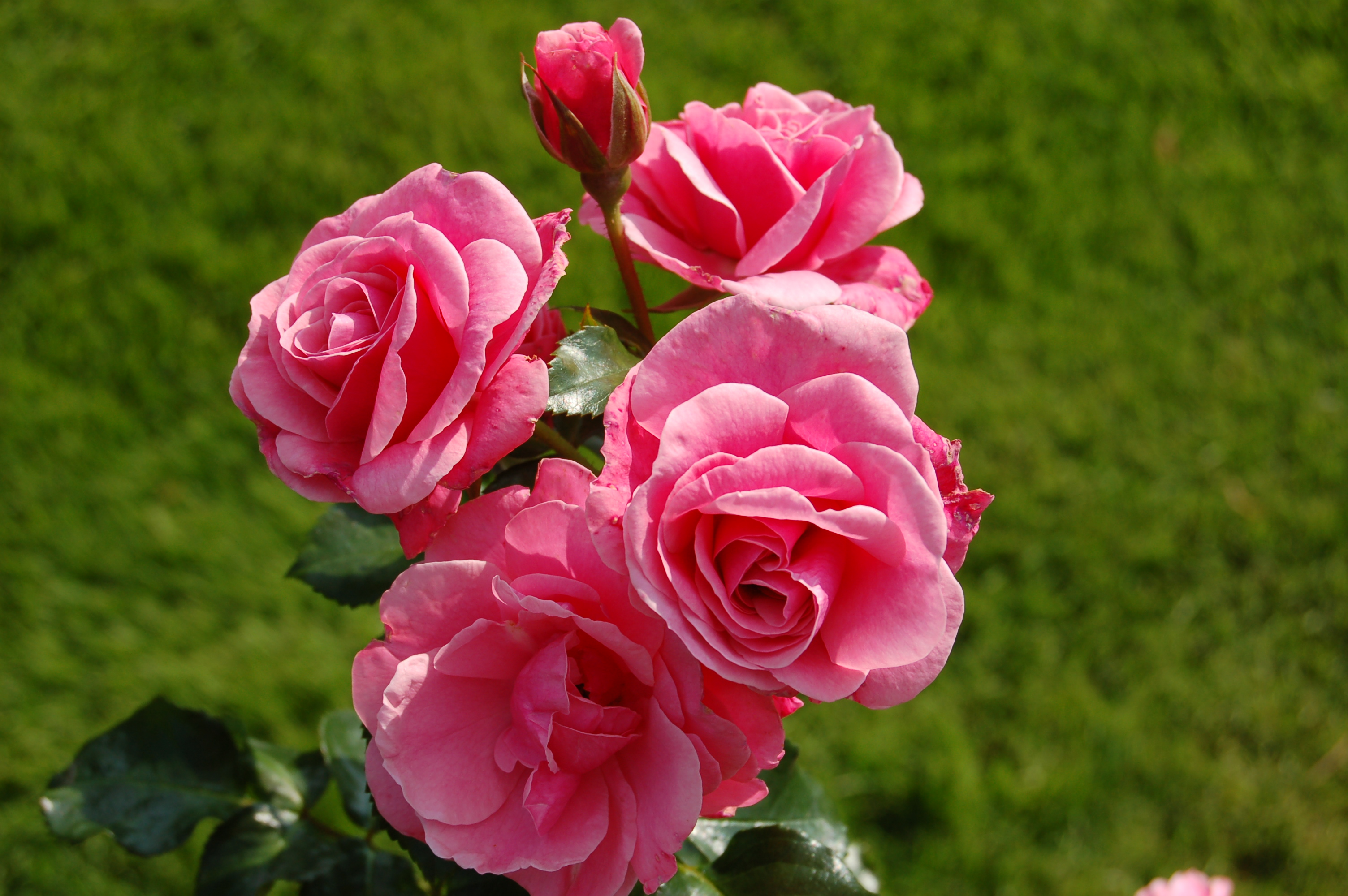
‘Dornröschenschloss Sababurg’, Kordes, 1993
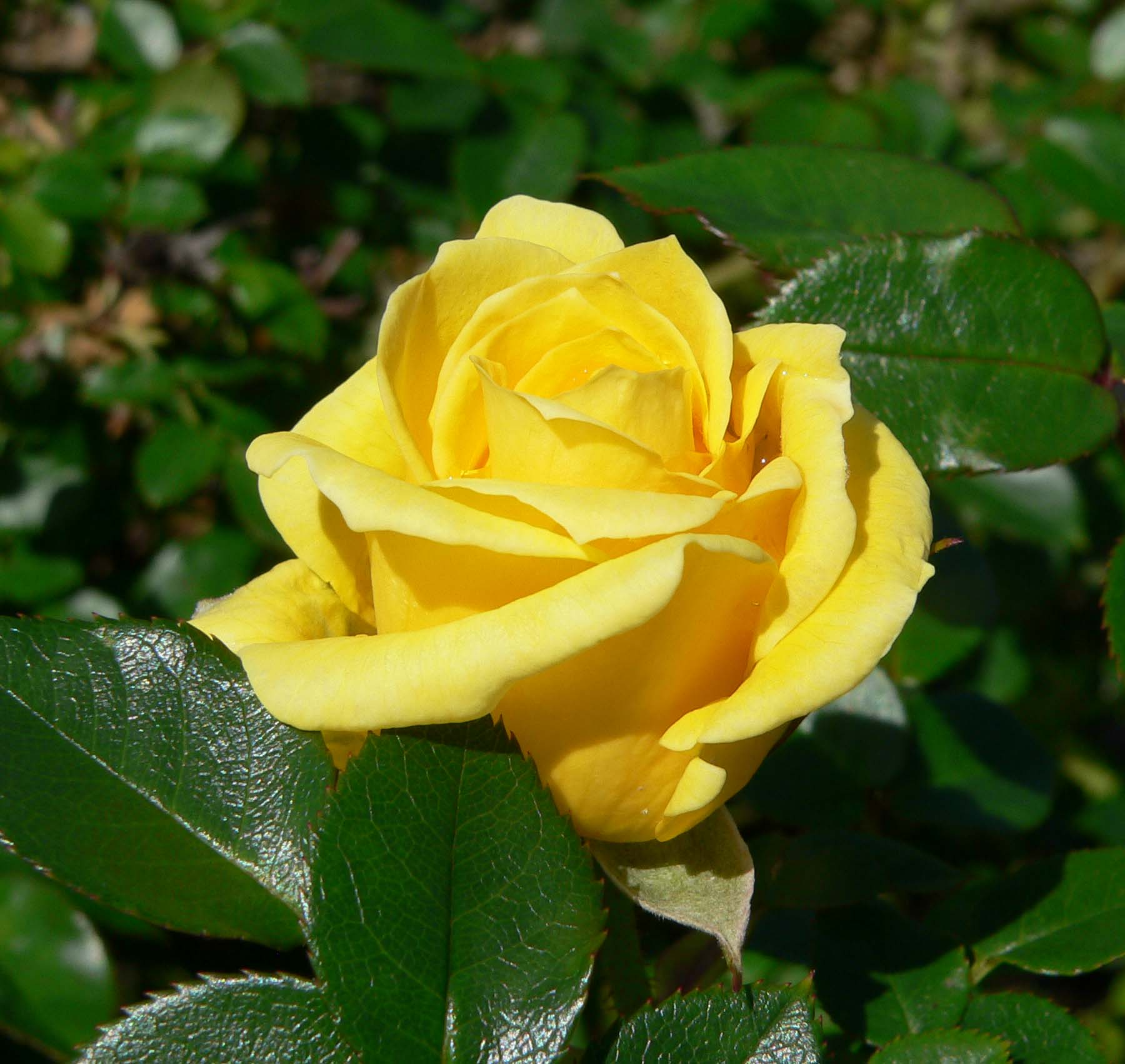
‘Dorola’, McGredy, 1983
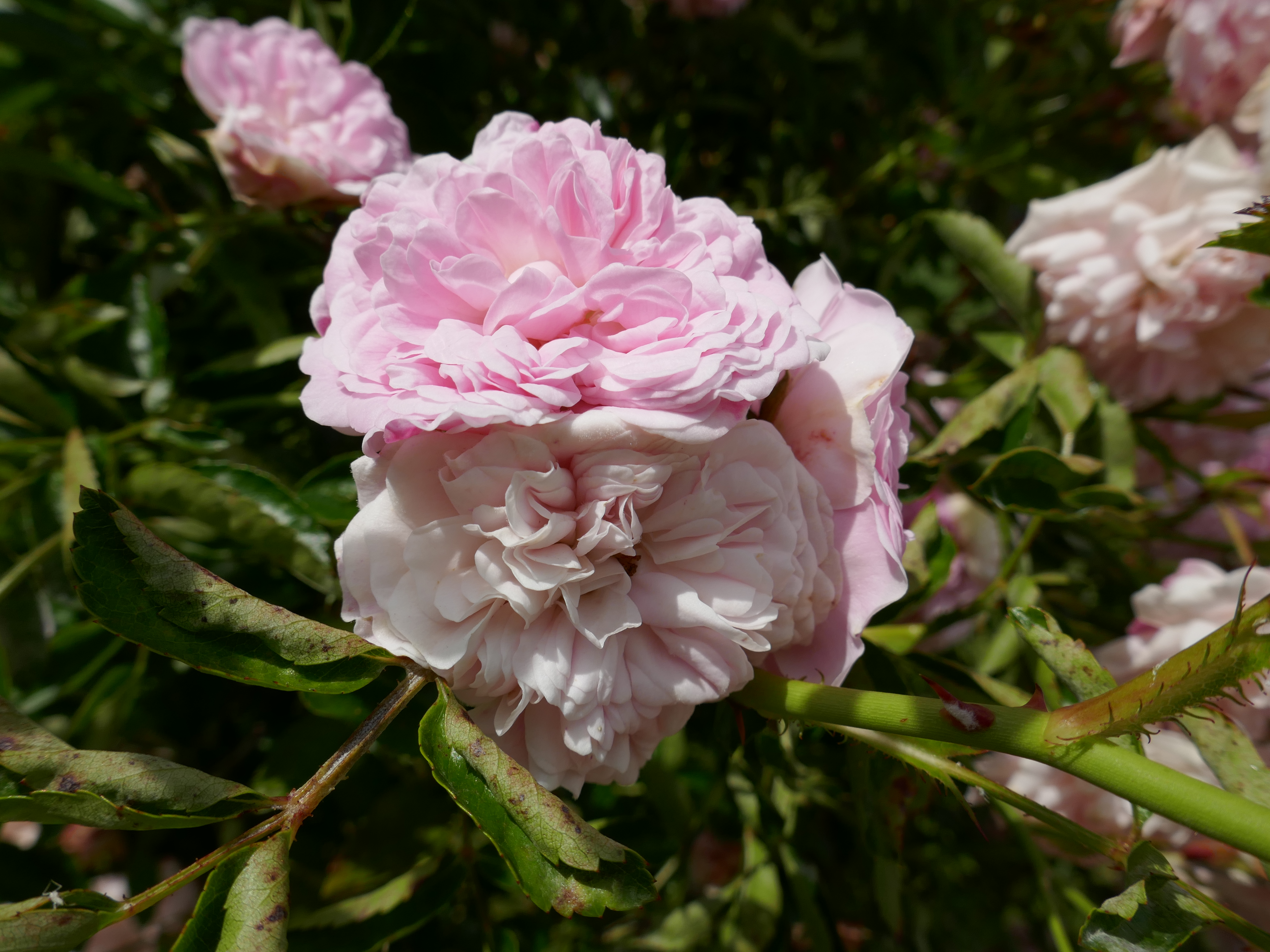
‘Dorothy Dennison’, Dennison, 1909
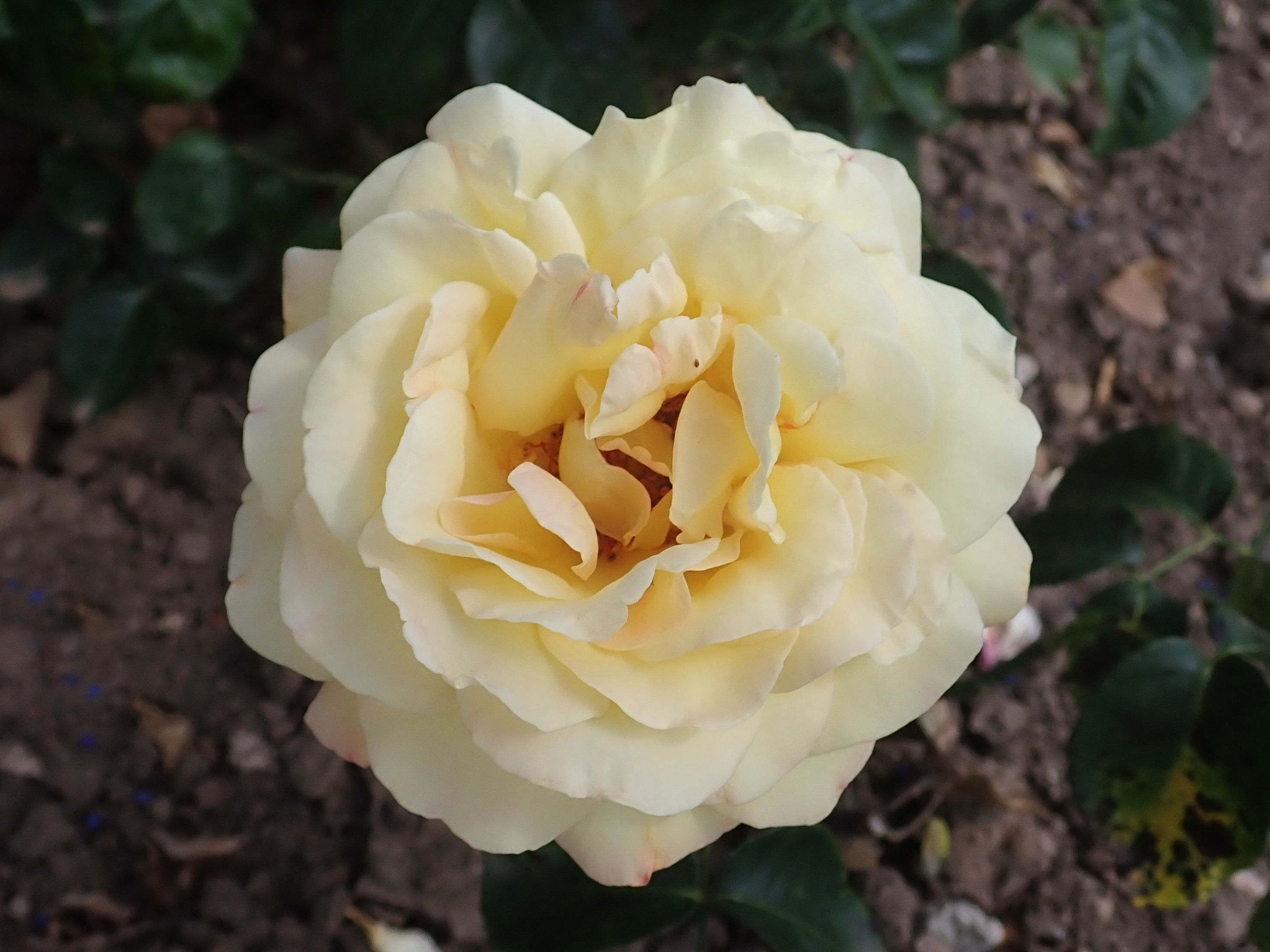
‘Dorothy Goodwin’ (oder ‘Perfect Peace’), Goodwin, 1954
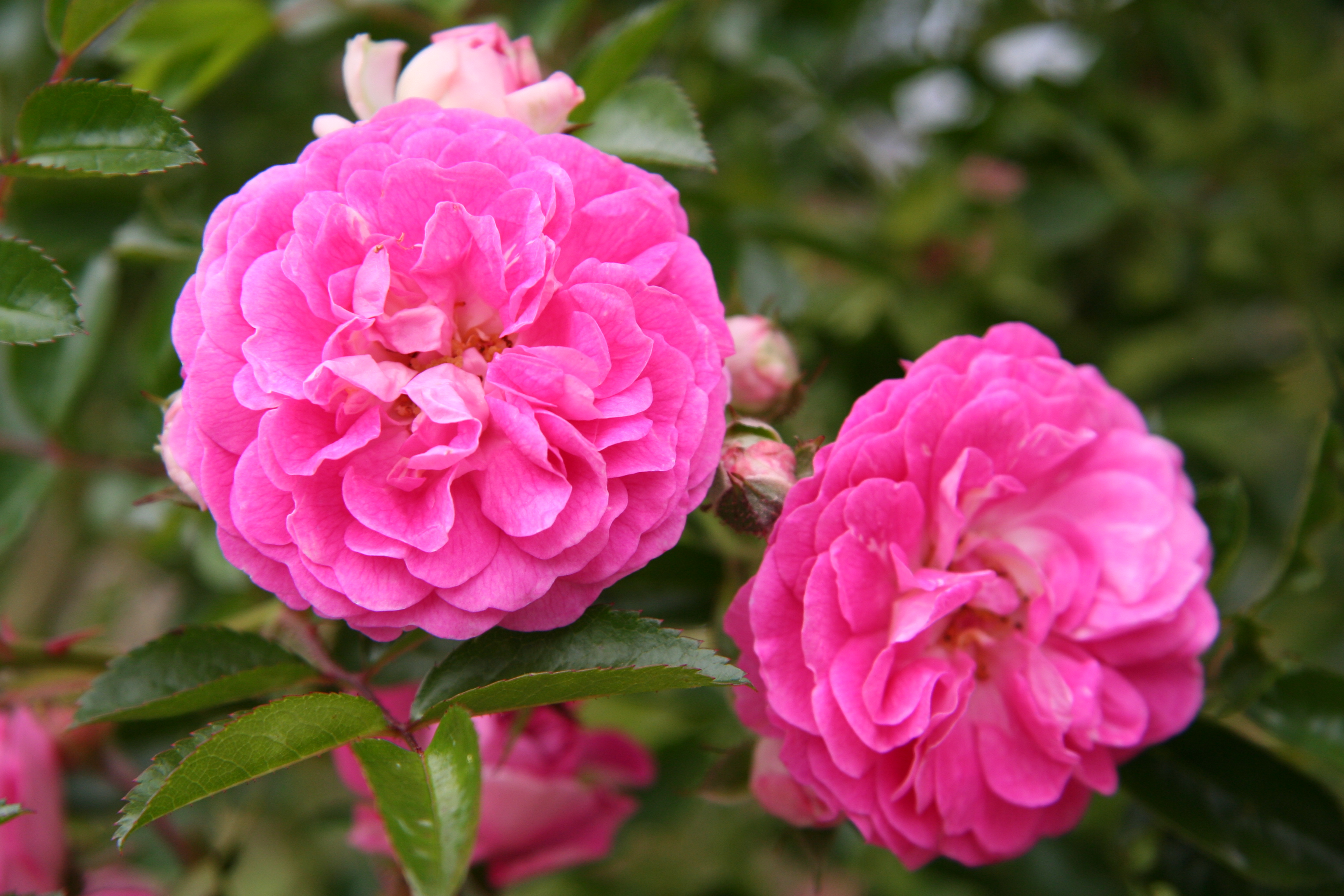
‘Dorothy Perkins’, Miller, Jackson & Perkins, 1901
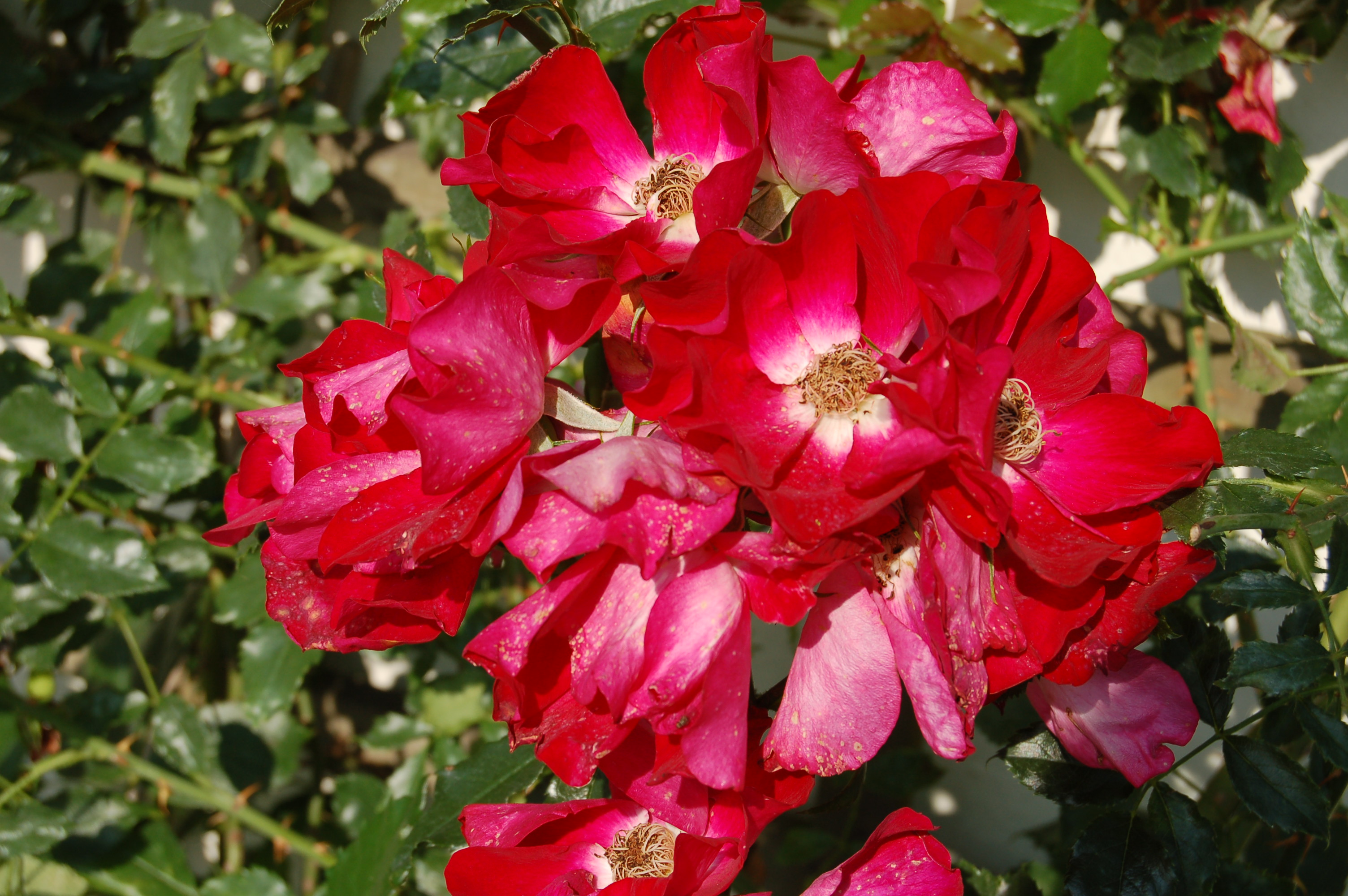
‘Dortmund’, Kordes, 1955
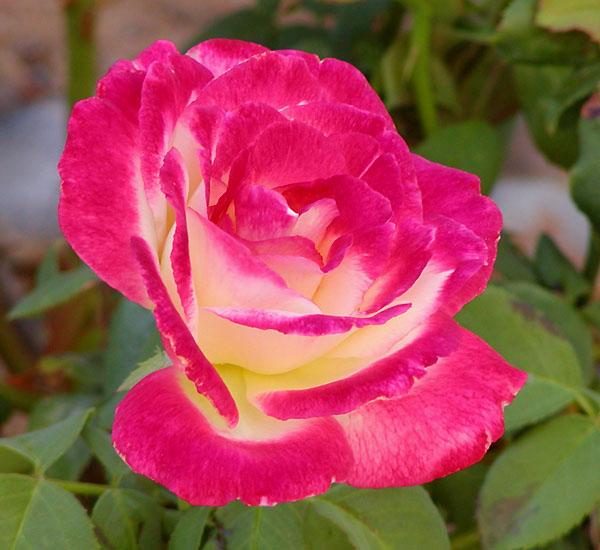
‘Double Delight’, Swim & Ellis, 1978
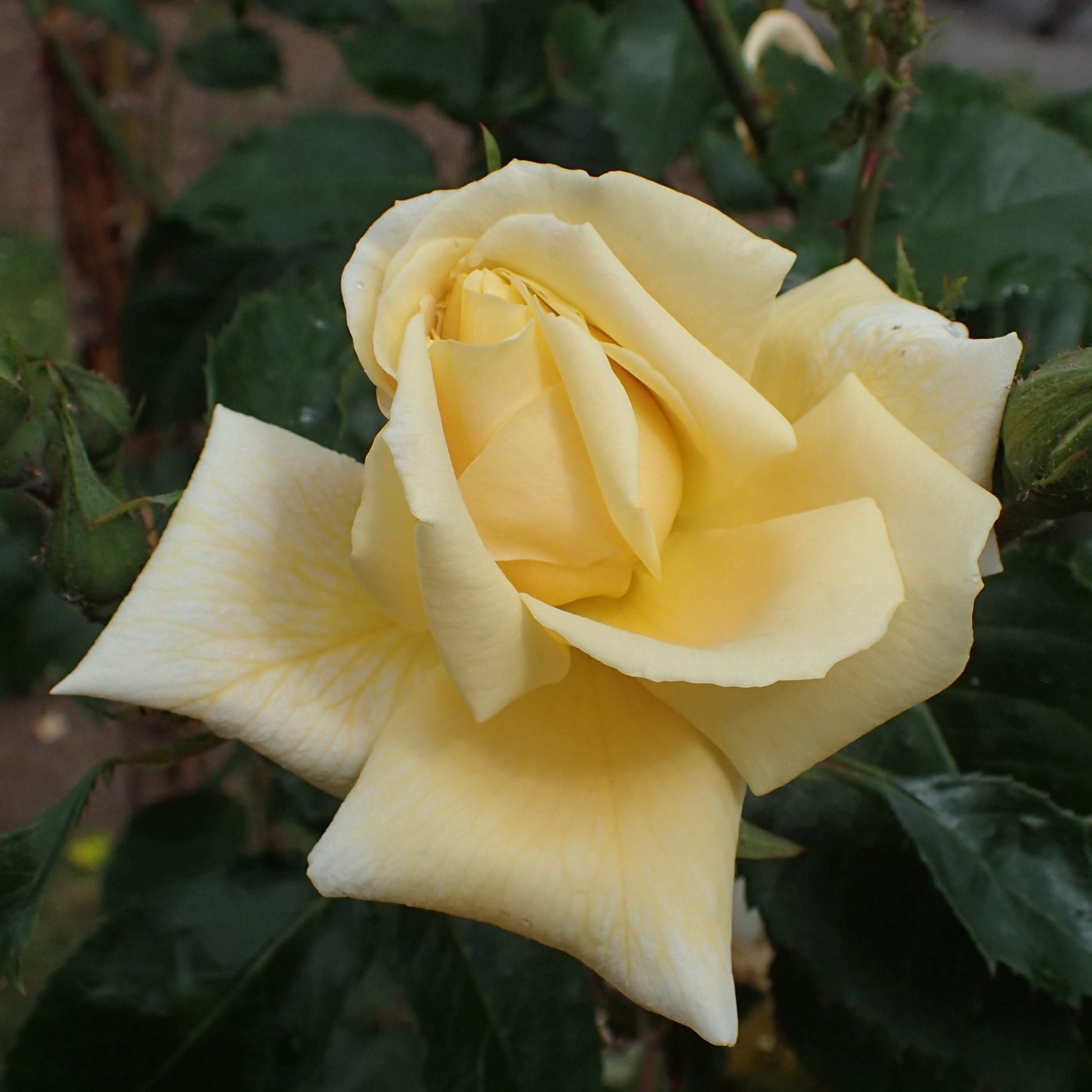
‘Doubloons’, Michael Henry Horvath, 1934
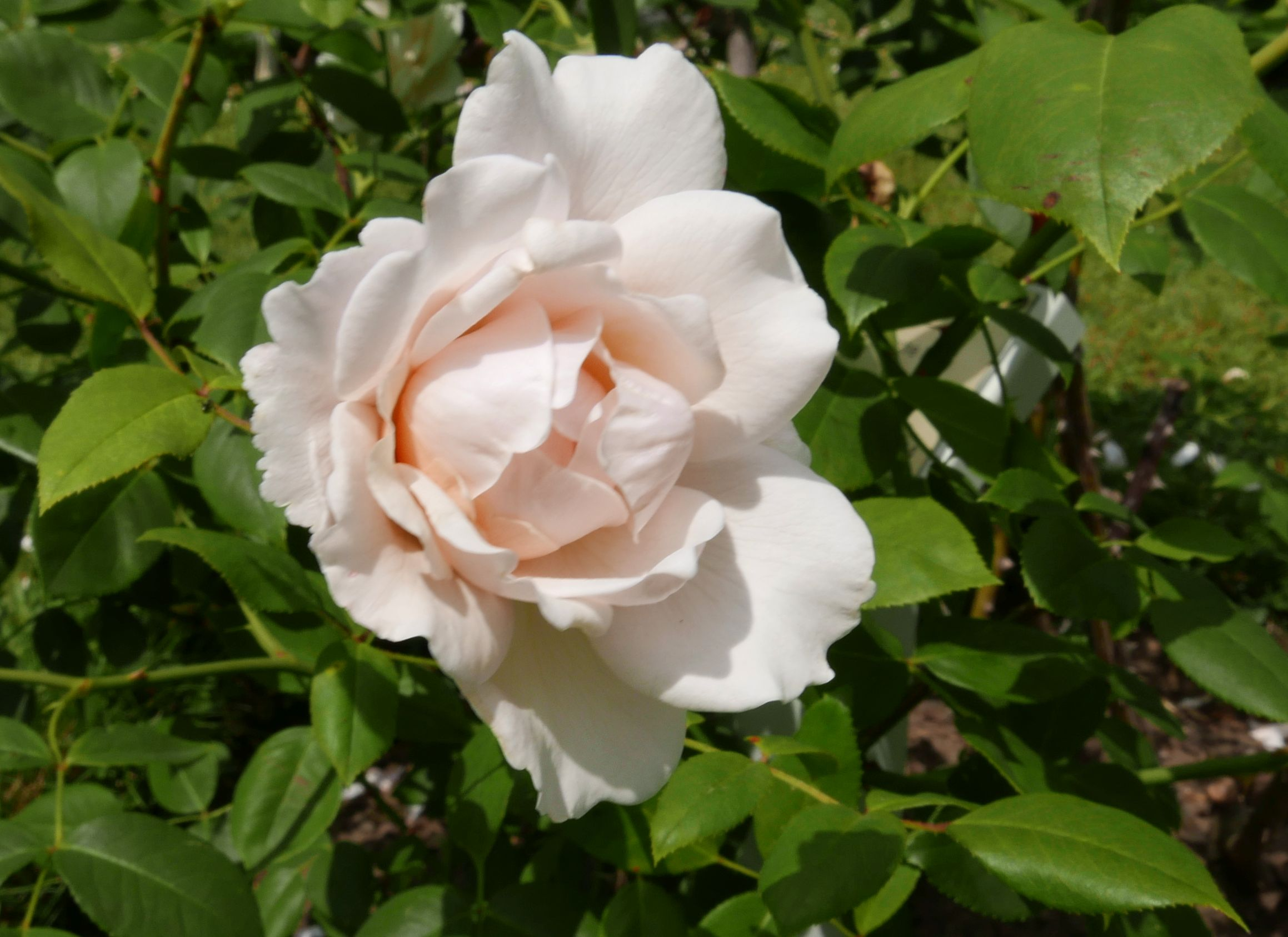
‘Dove’, Austin, 1984
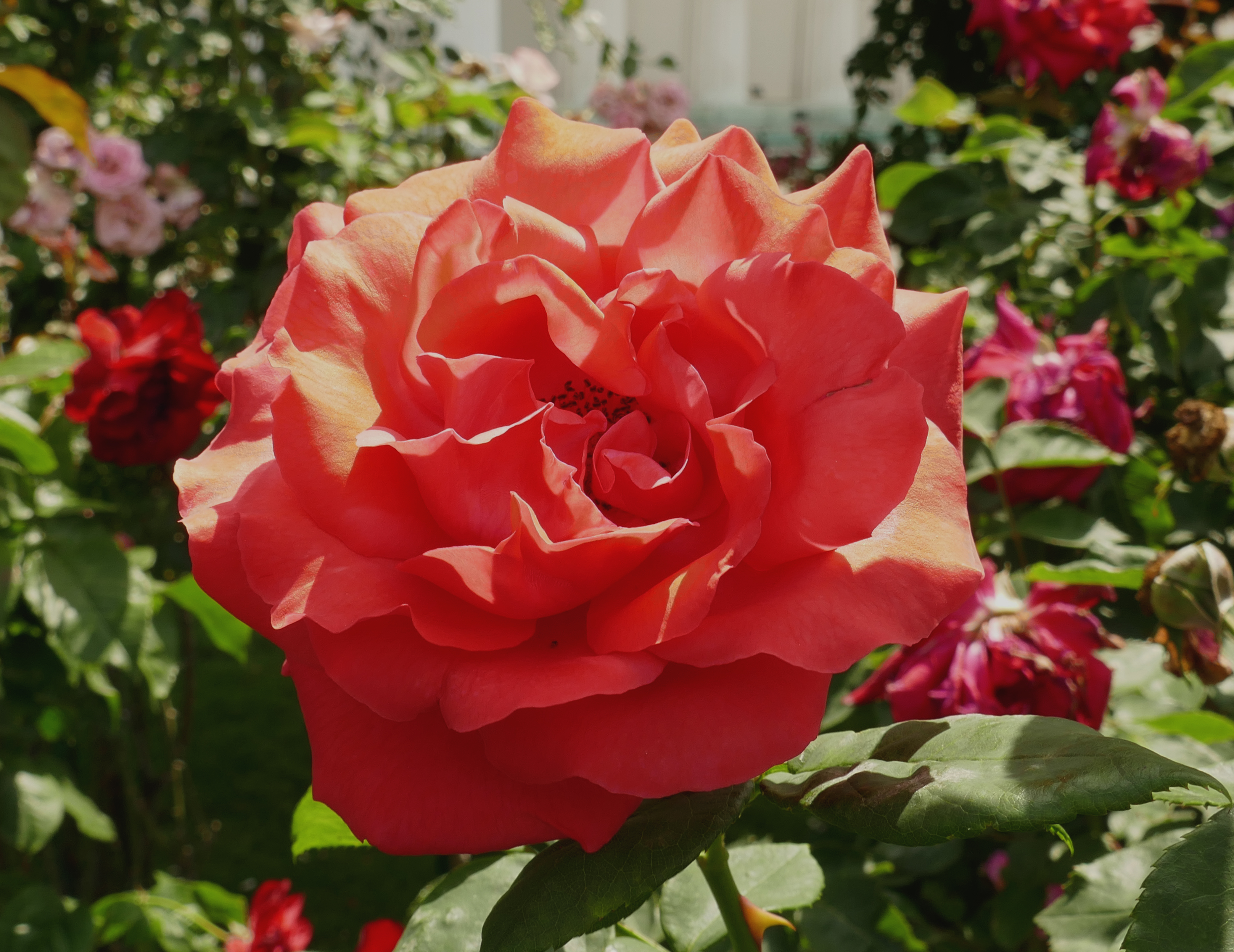
‘Dr. Albert Schweitzer’, A. Delbard-Chabert, 1961
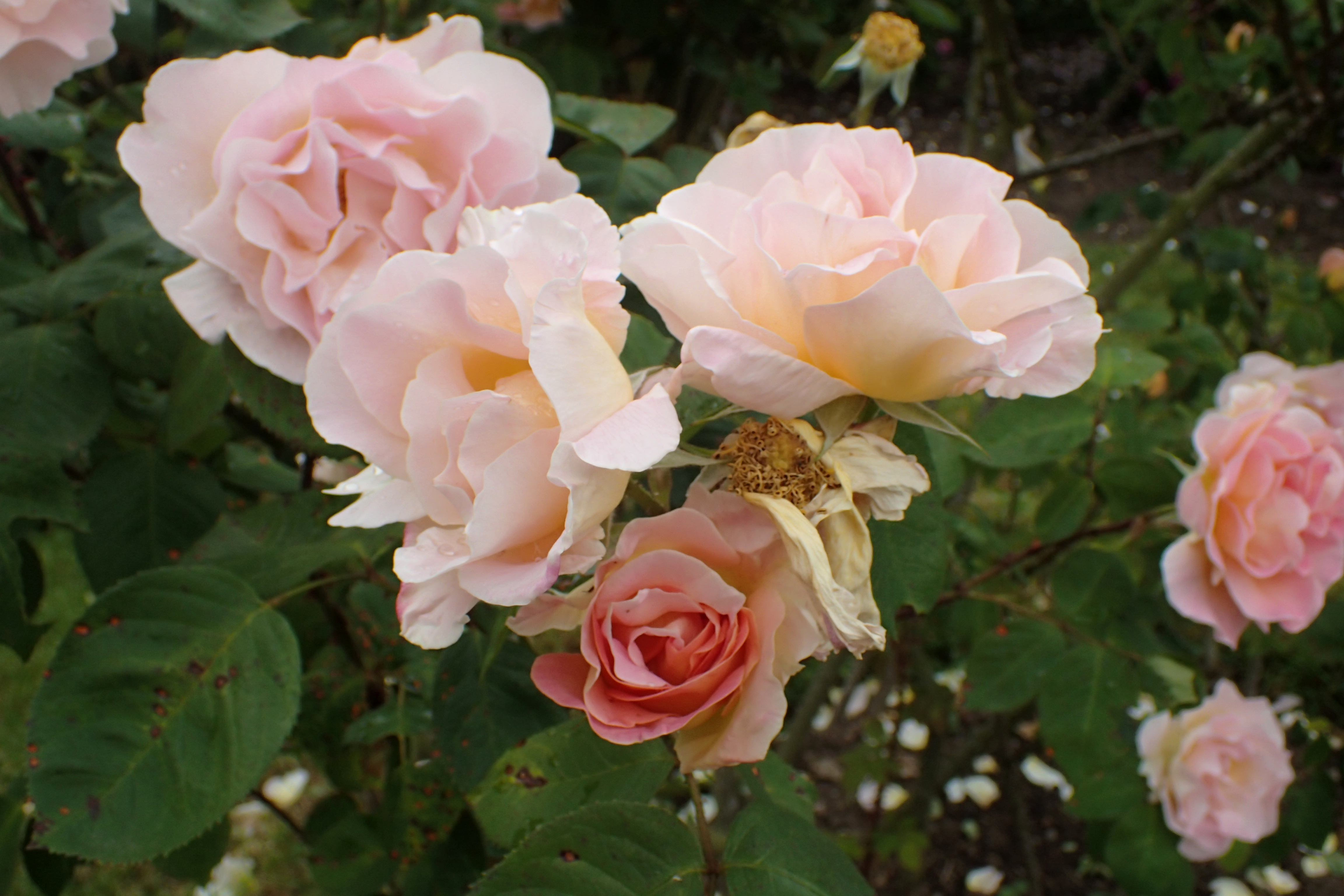
‘Dr. Eckener’, V. Berger, 1929
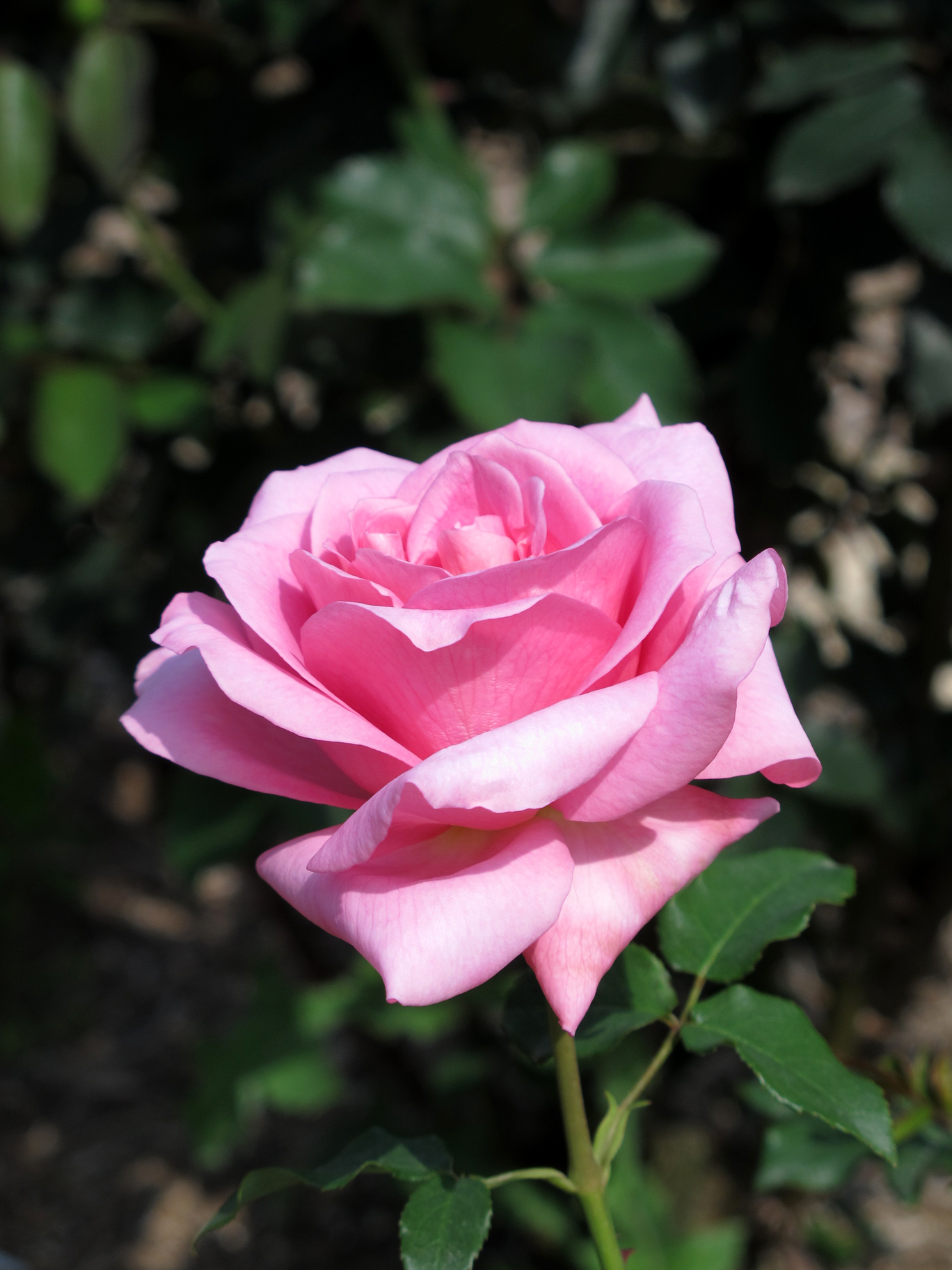
‘Dr. Gentil’, Moreira da Silva, vor 1973
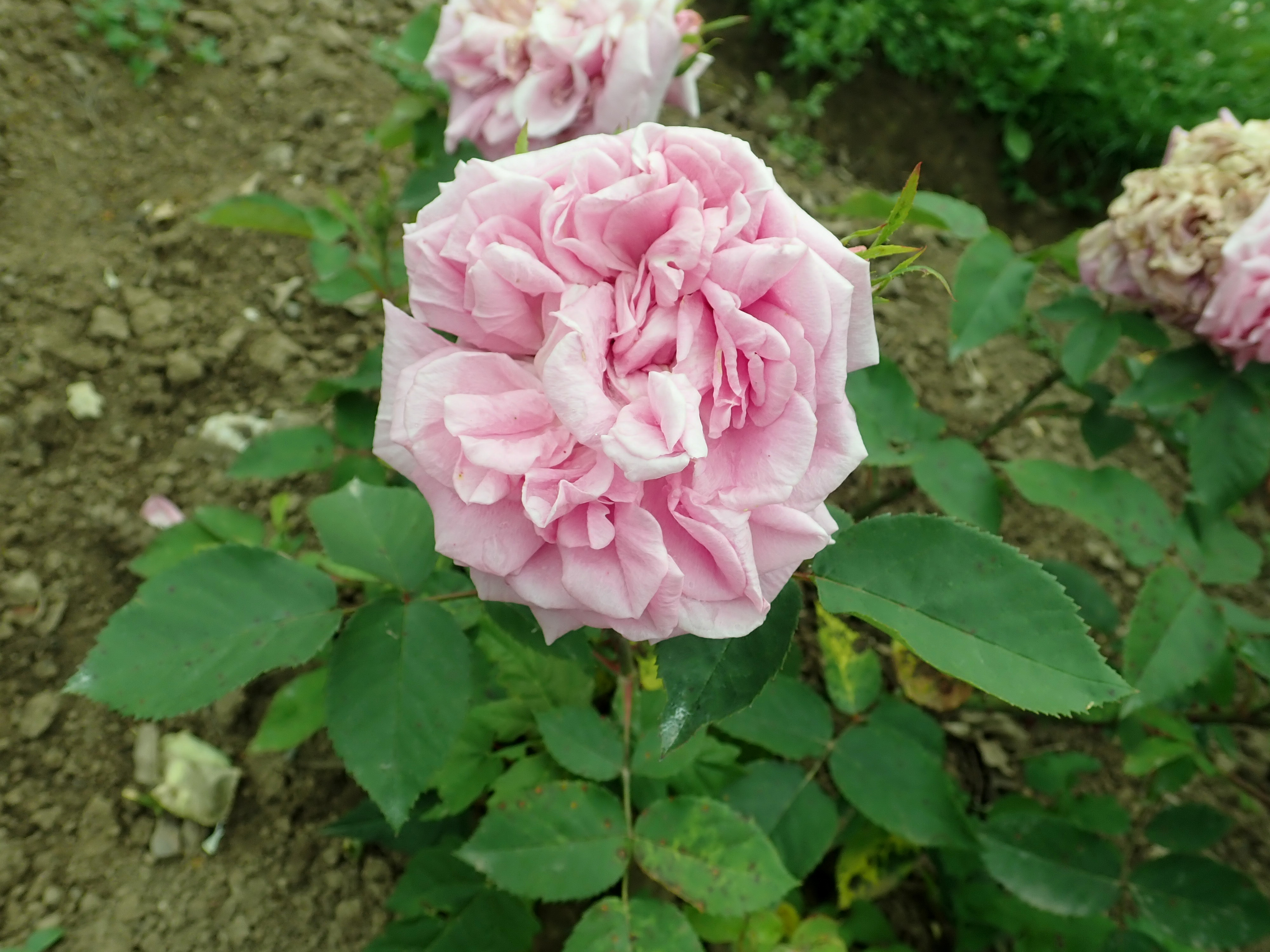
‘Dr. Hurta’, Geschwind, vor 1867
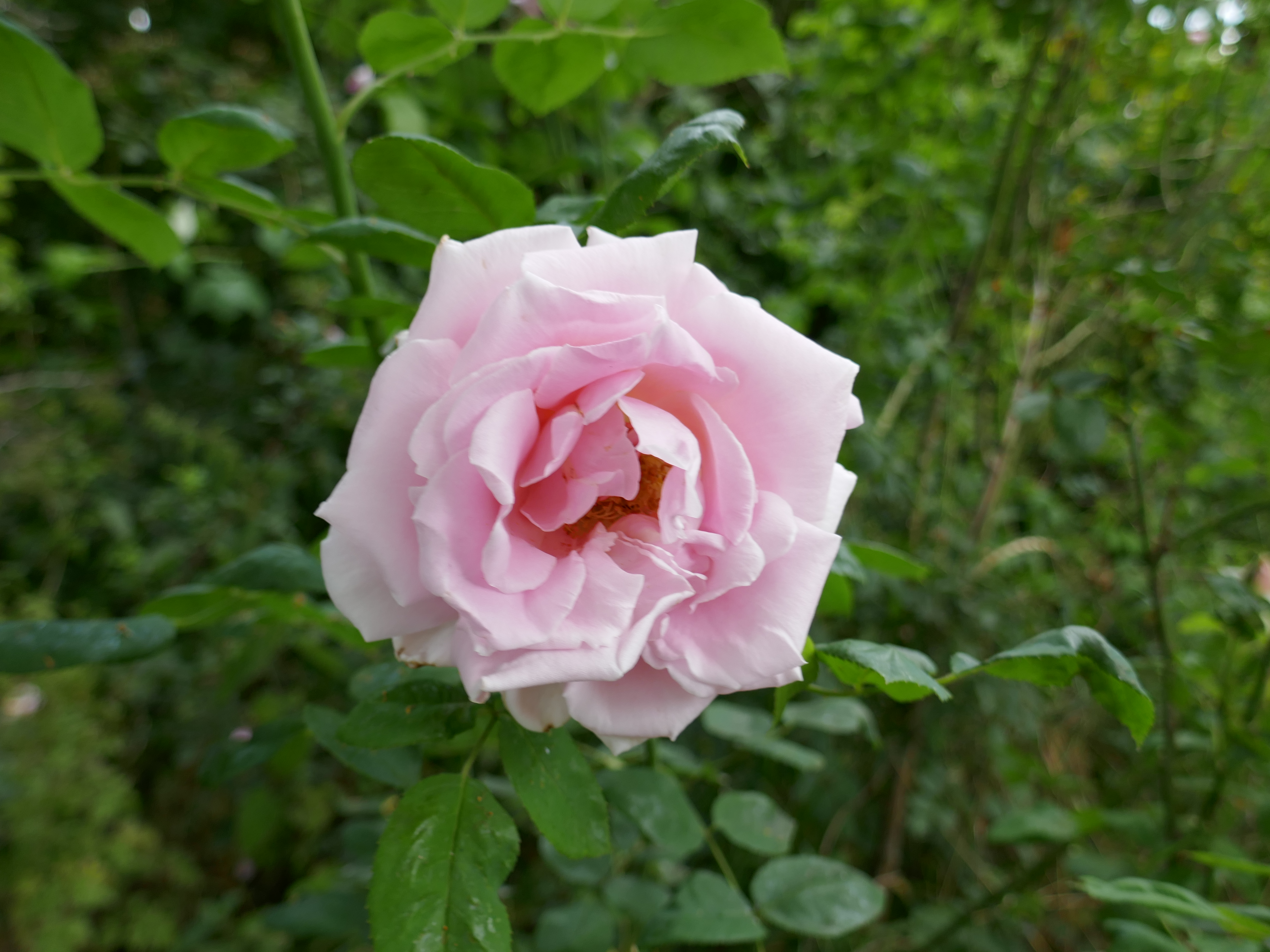
‘Dr. Masaryk’, Jan Böhm, 1930
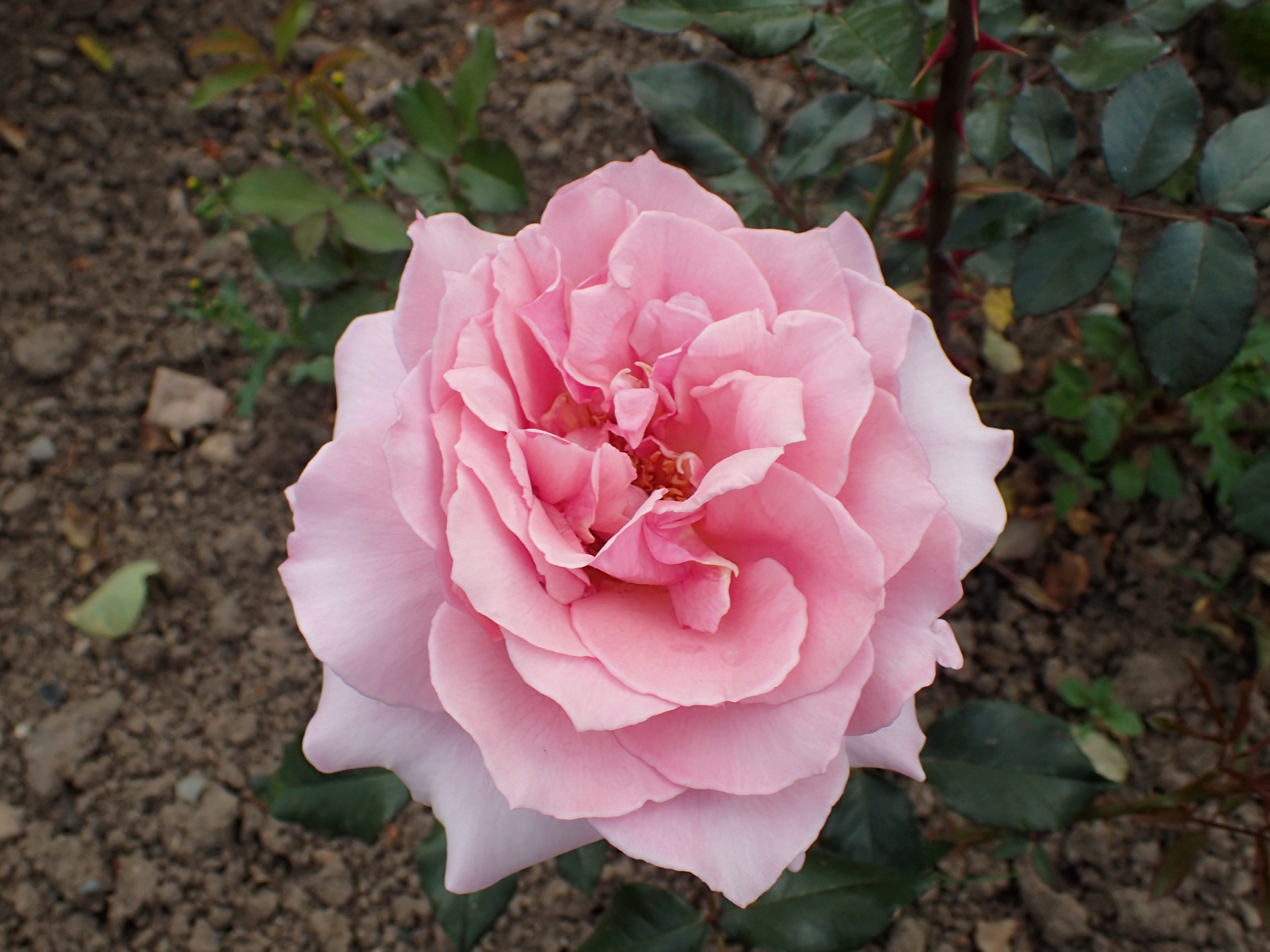
‘Dr. Paul Menzel’, Lucke, 1980
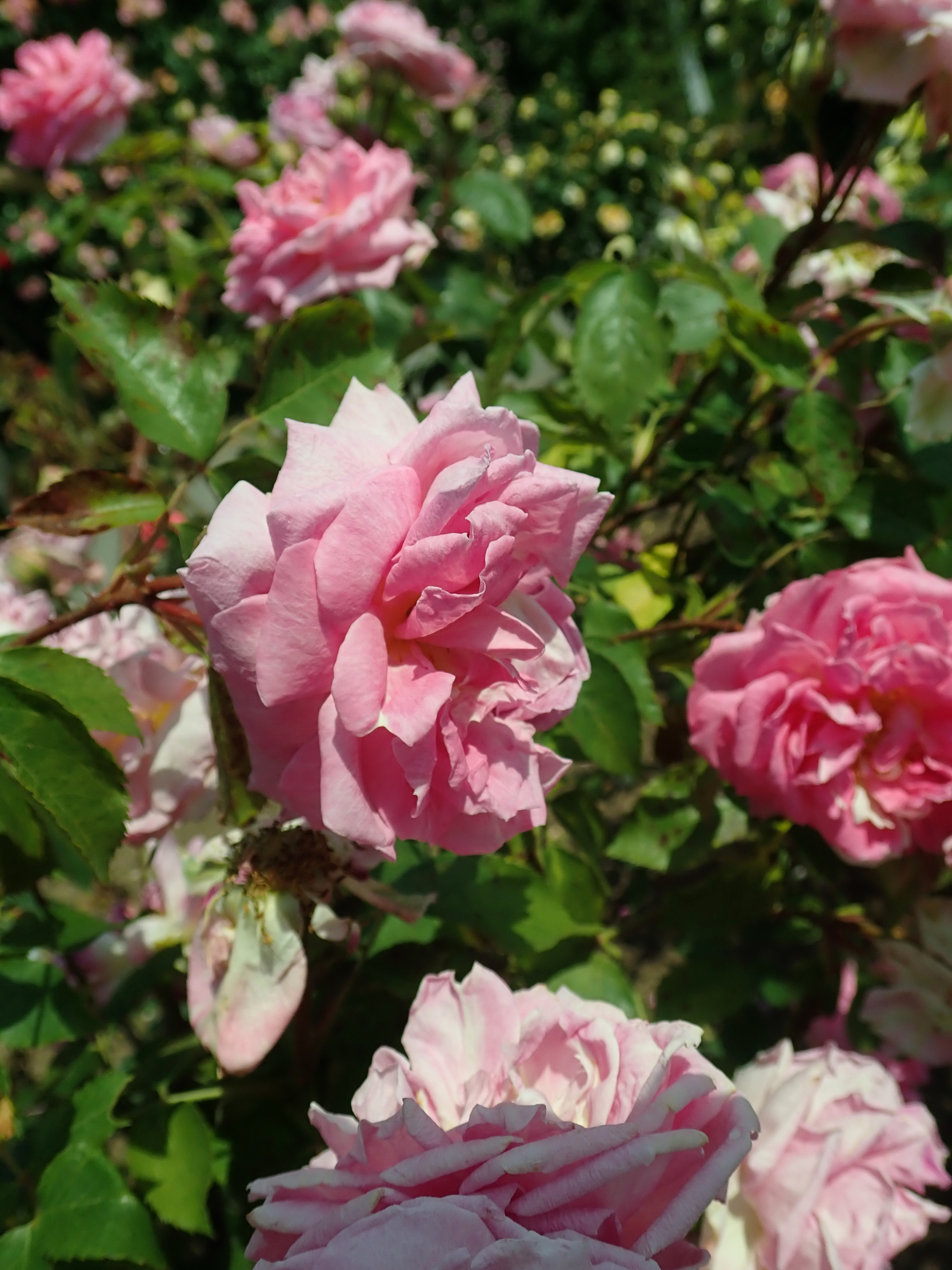
‘Dr. Müller’, Dr. Müller, 1905
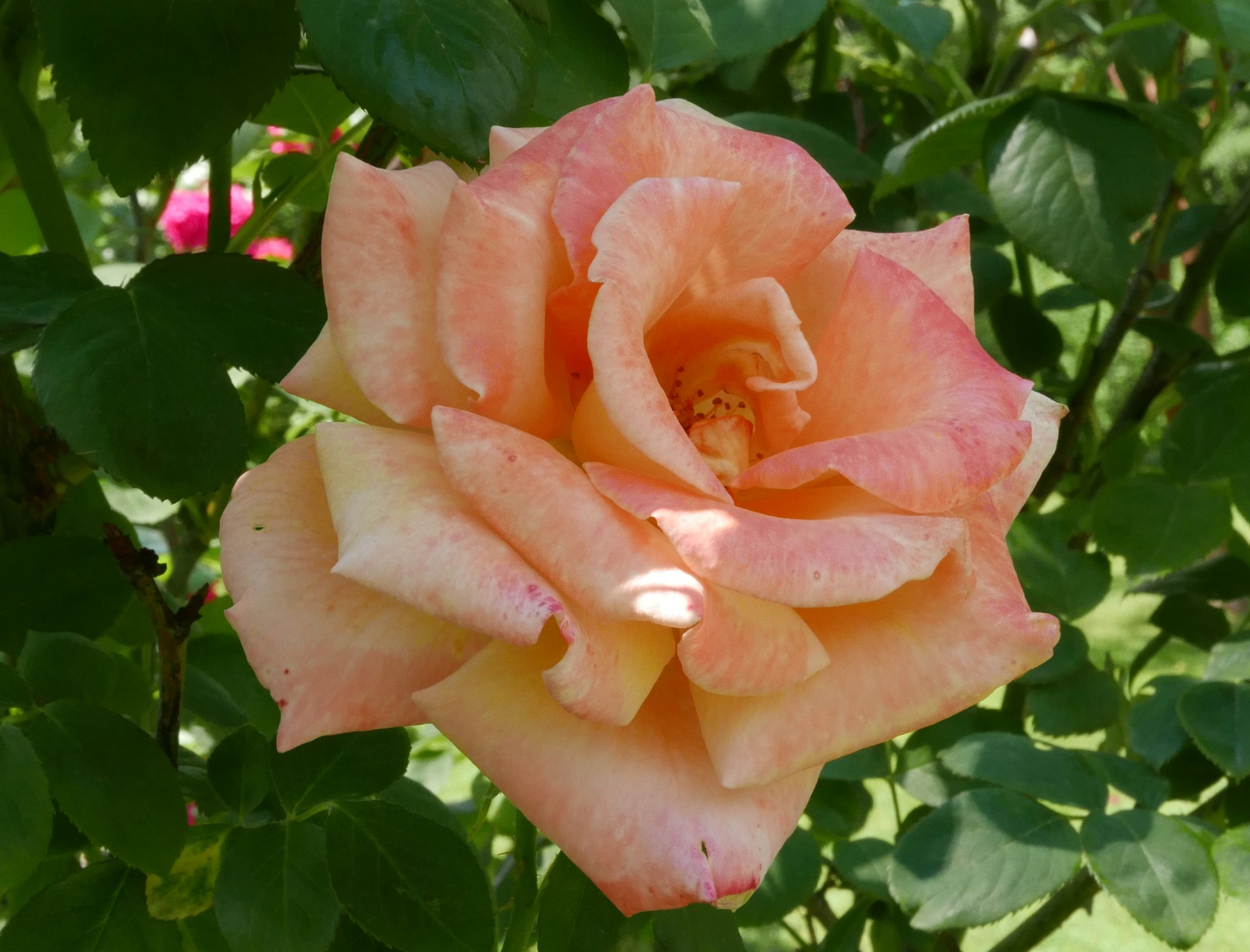
‘Dr. Omar Zawawi’, Schmadlak, 1978
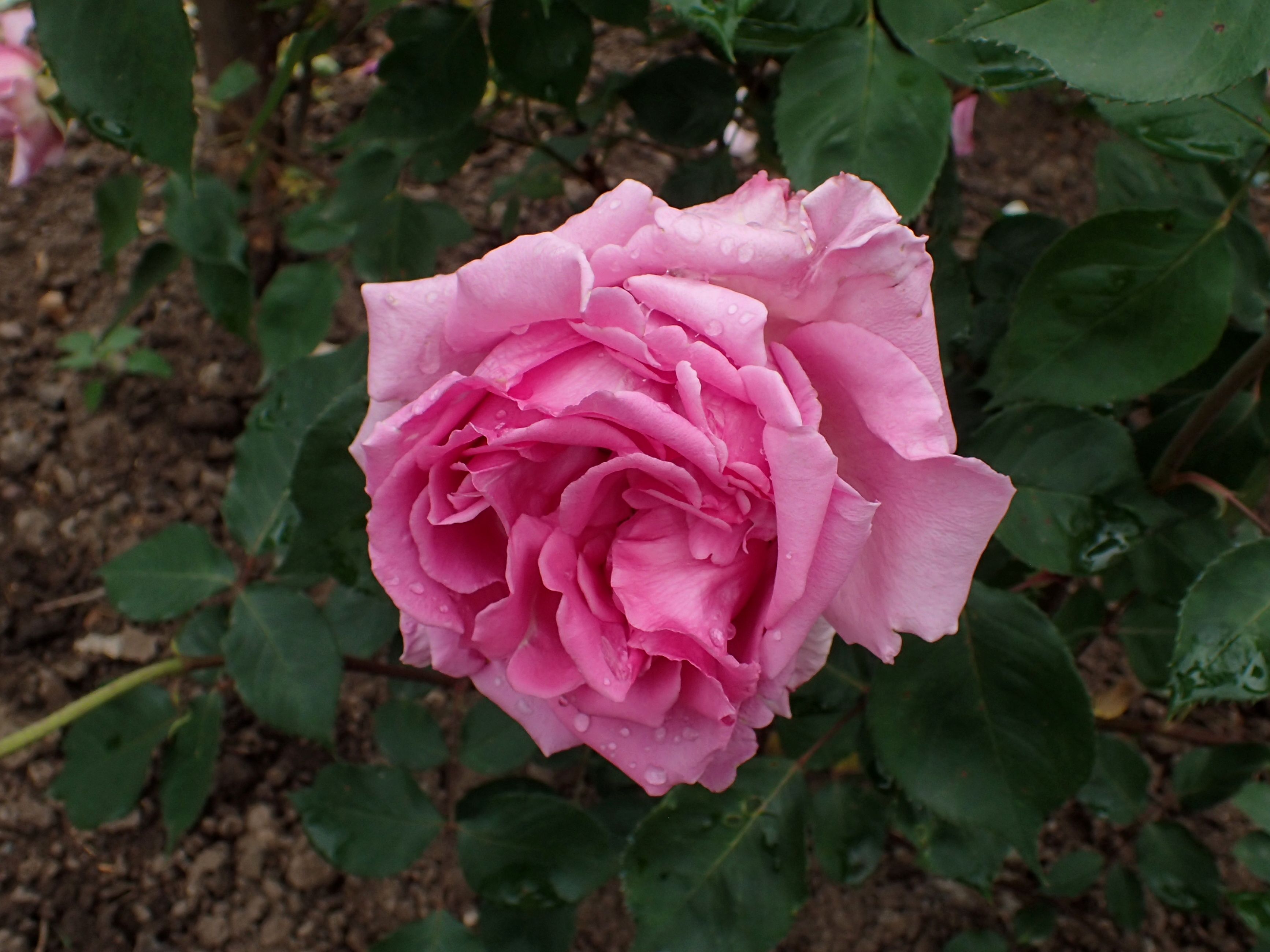
‘Dr. Renata Tyrsová’, Jan Böhm, 1937
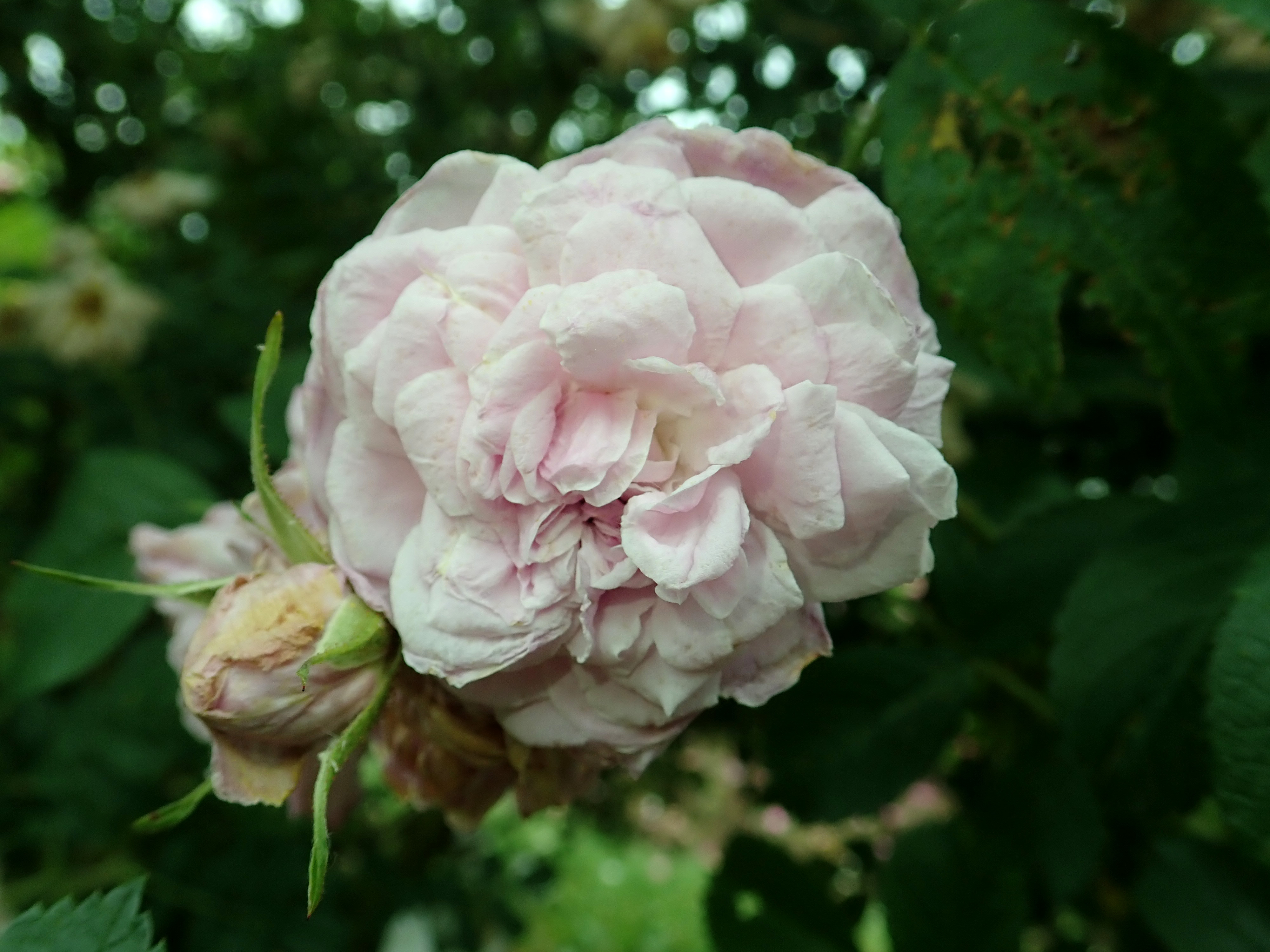
‘Dr. Selma Lagerlöf’, ?
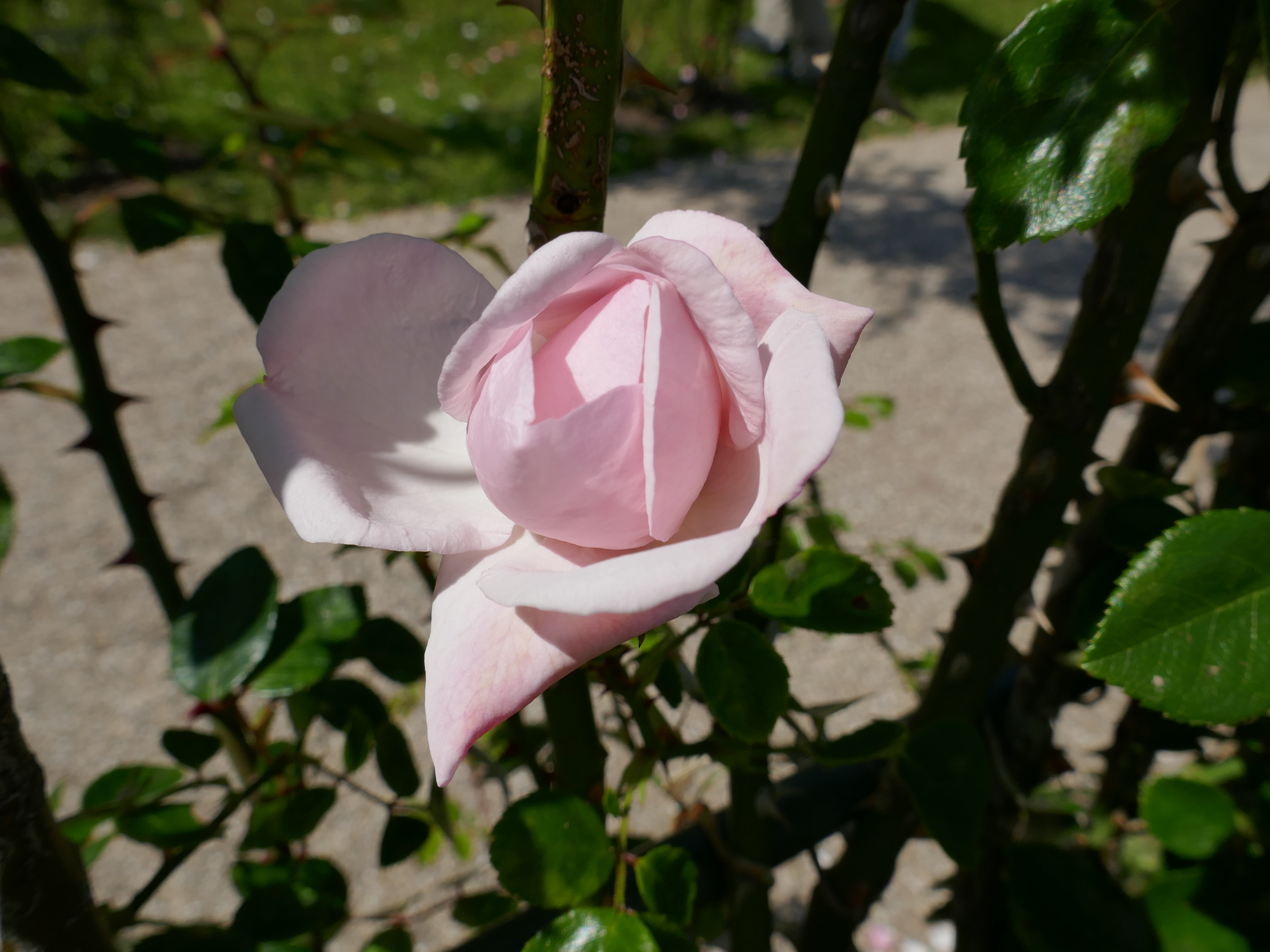
‘Dr. W. Van Fleet’, Van Fleet, 1910
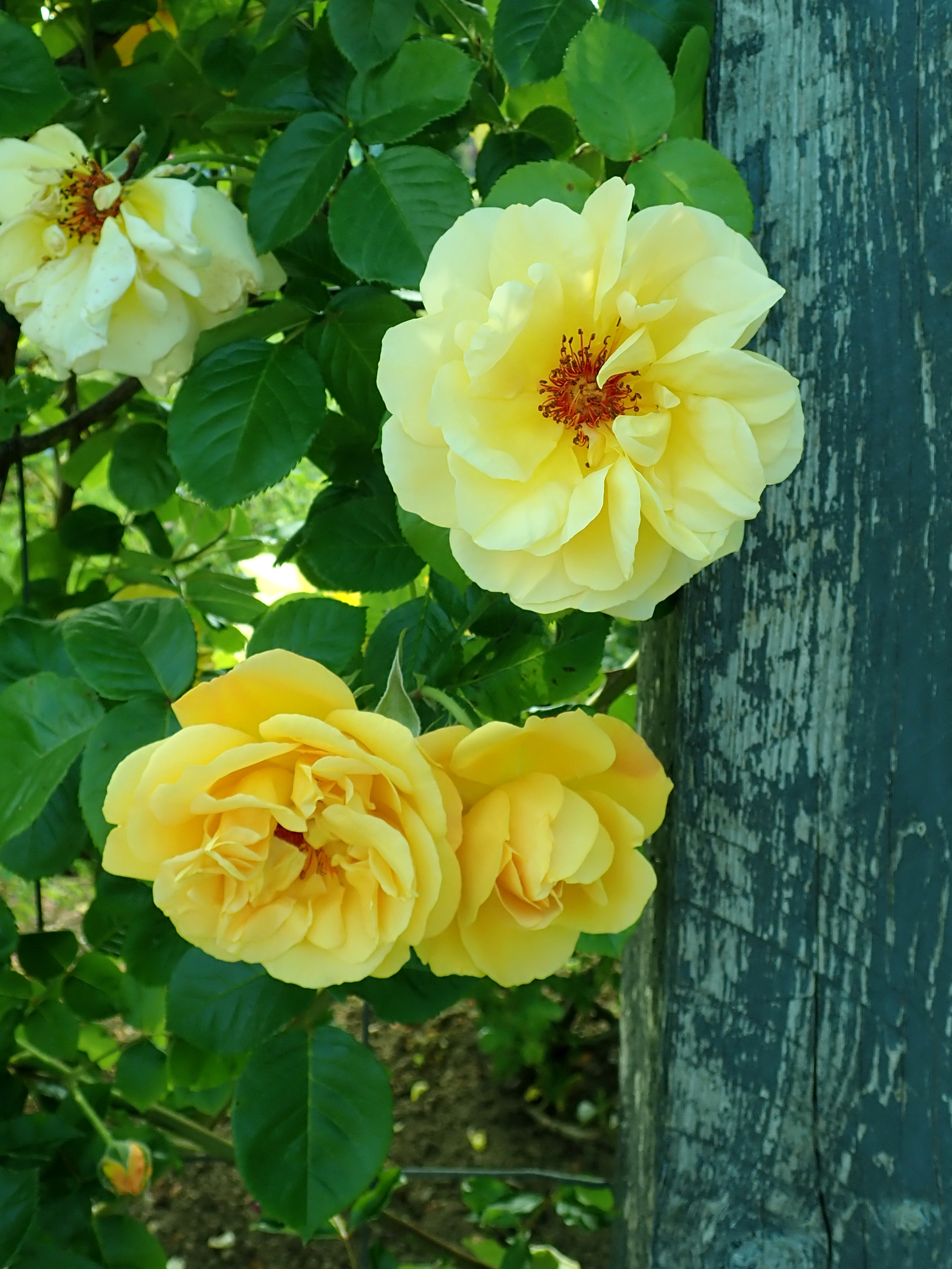
‘Dreaming Spires’, John Mattock, 1973
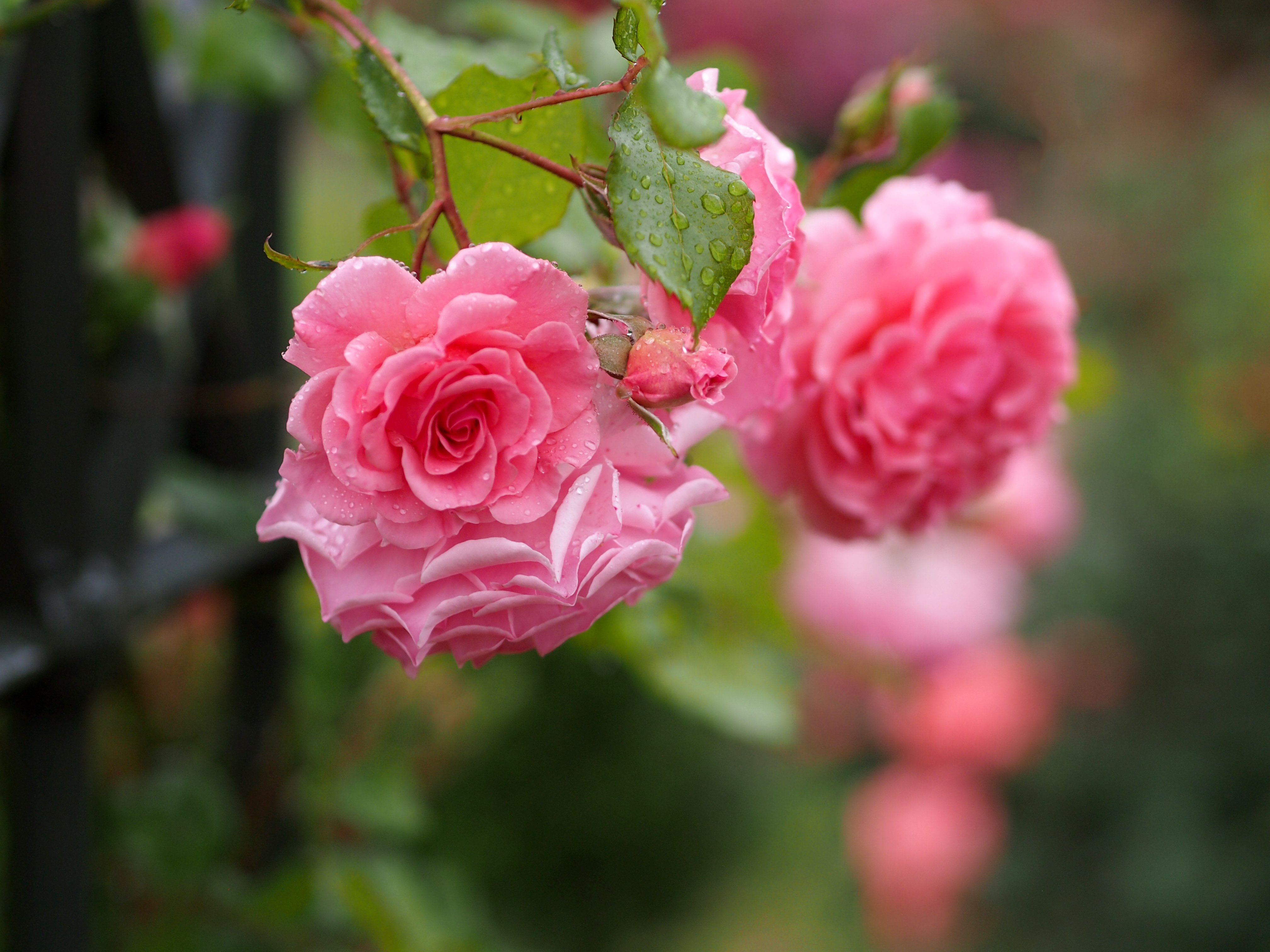
‘Dream Weaver’, Keith W. Zary, vor 1995
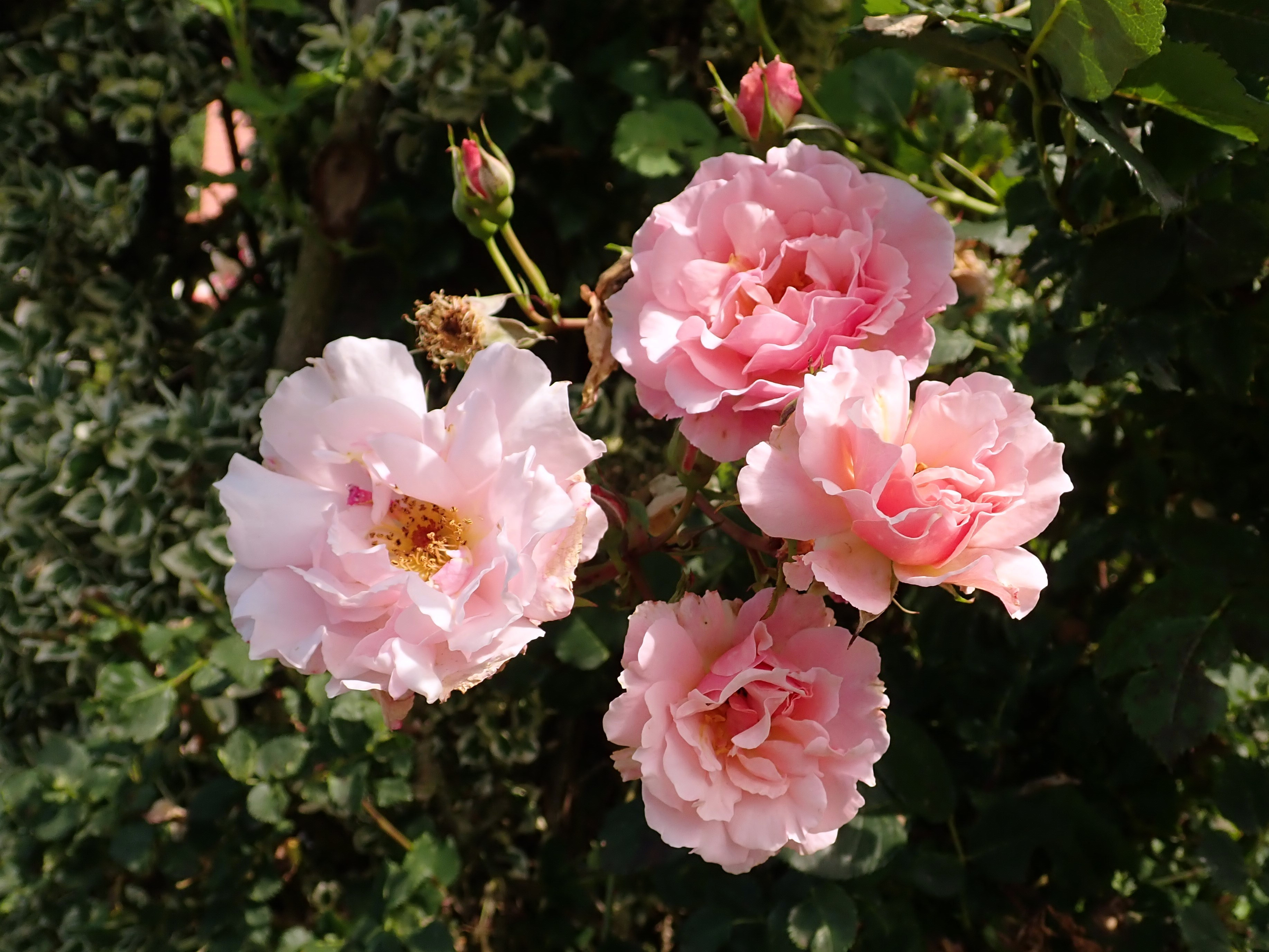
‘Dresdner Frauenkirche’, Dr. Johann Schmadlak, ?
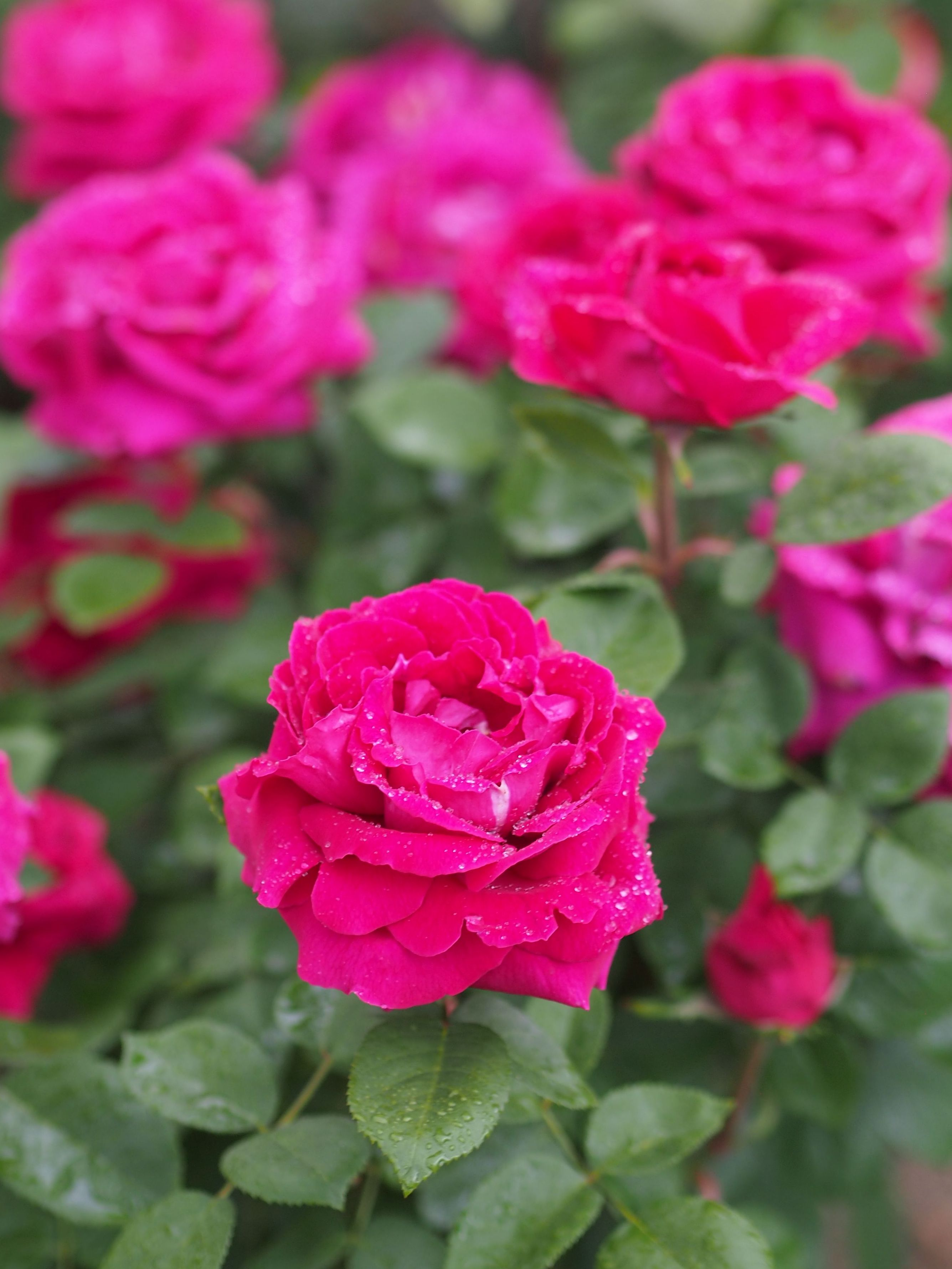
‘Druschki Rubra’, Peter Lambert, 1929
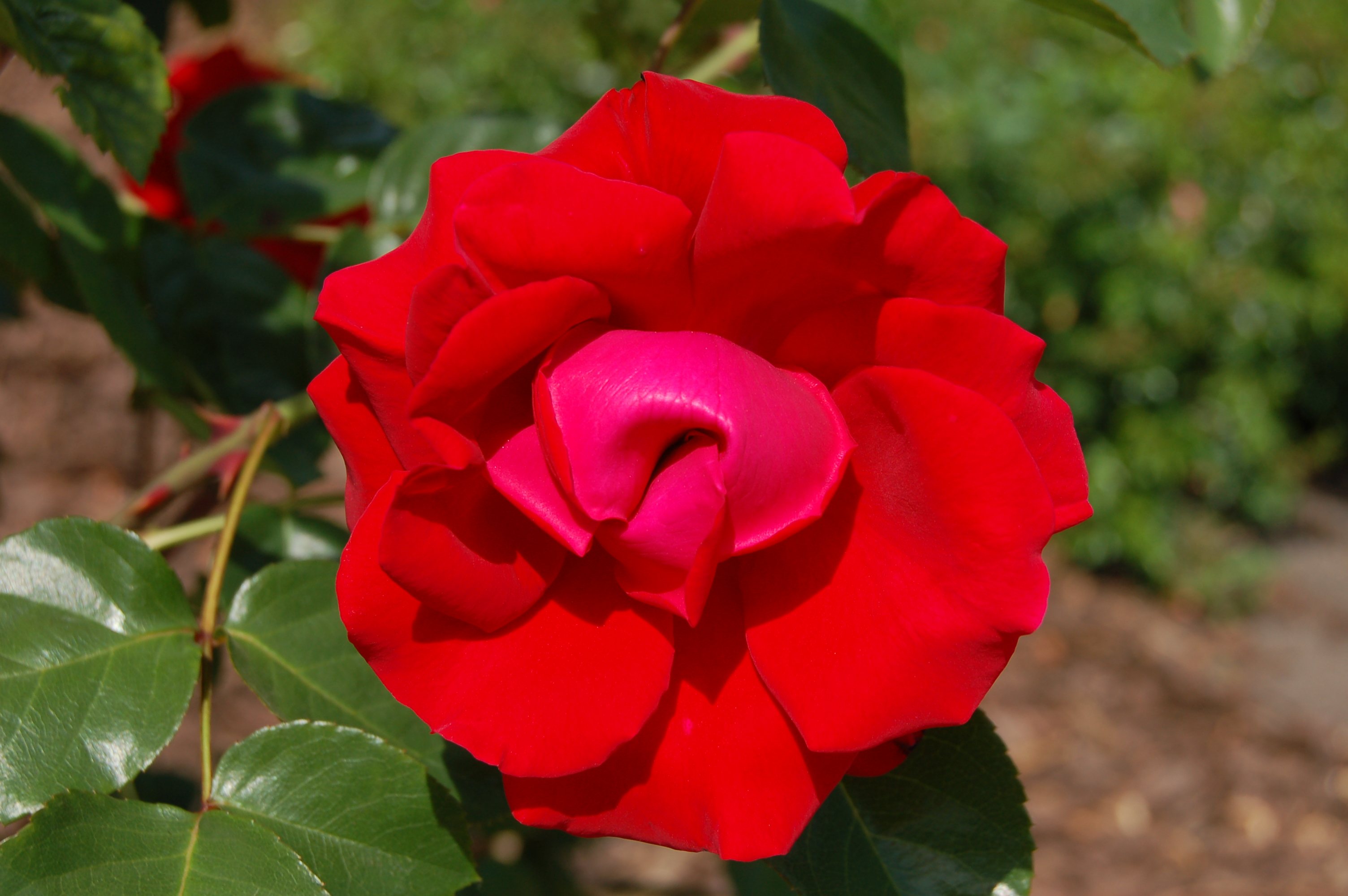
‘Dublin Bay’, McGredy, 1975
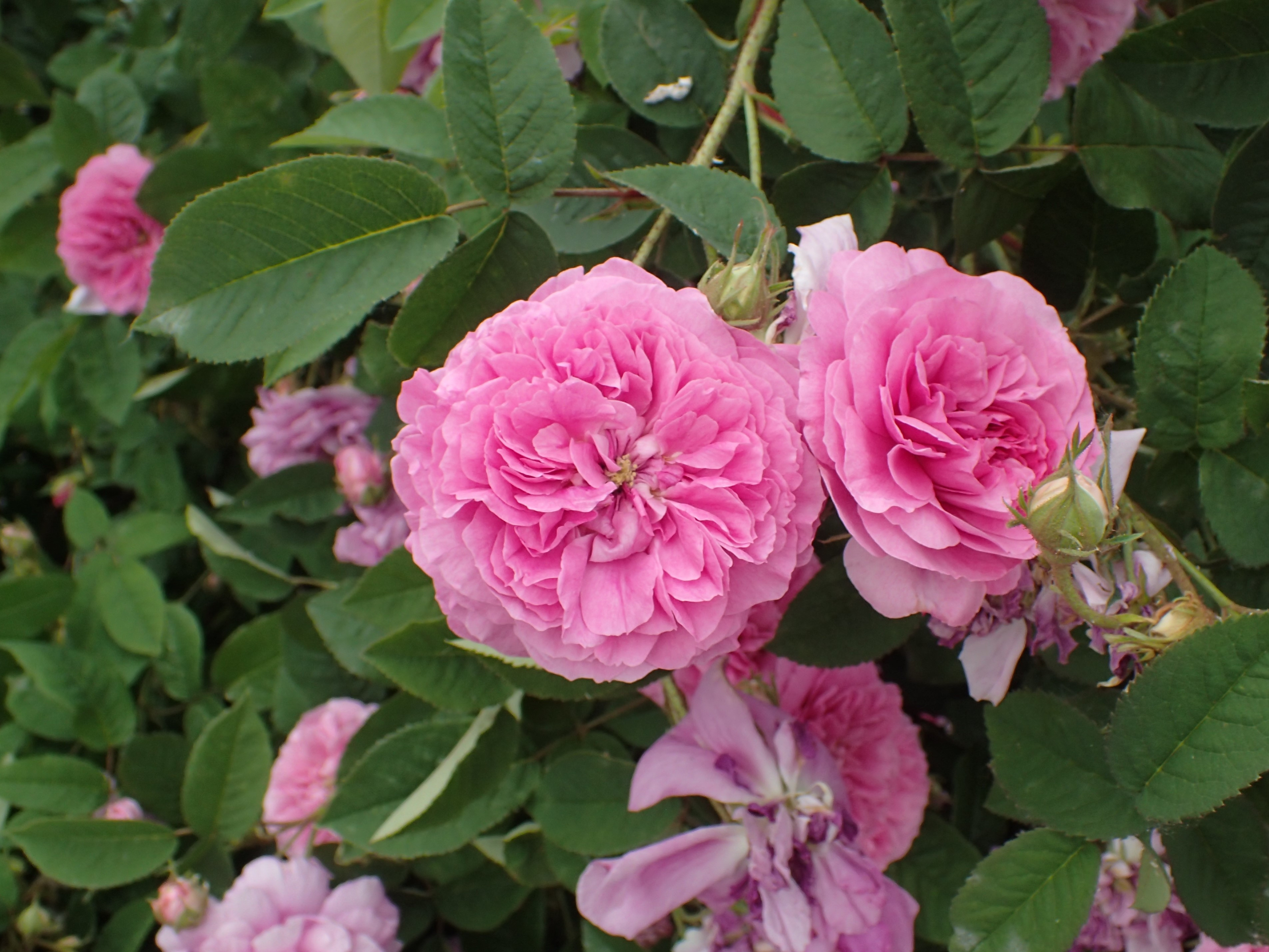
‘Duc de Bordeaux’, Vibert, 1820
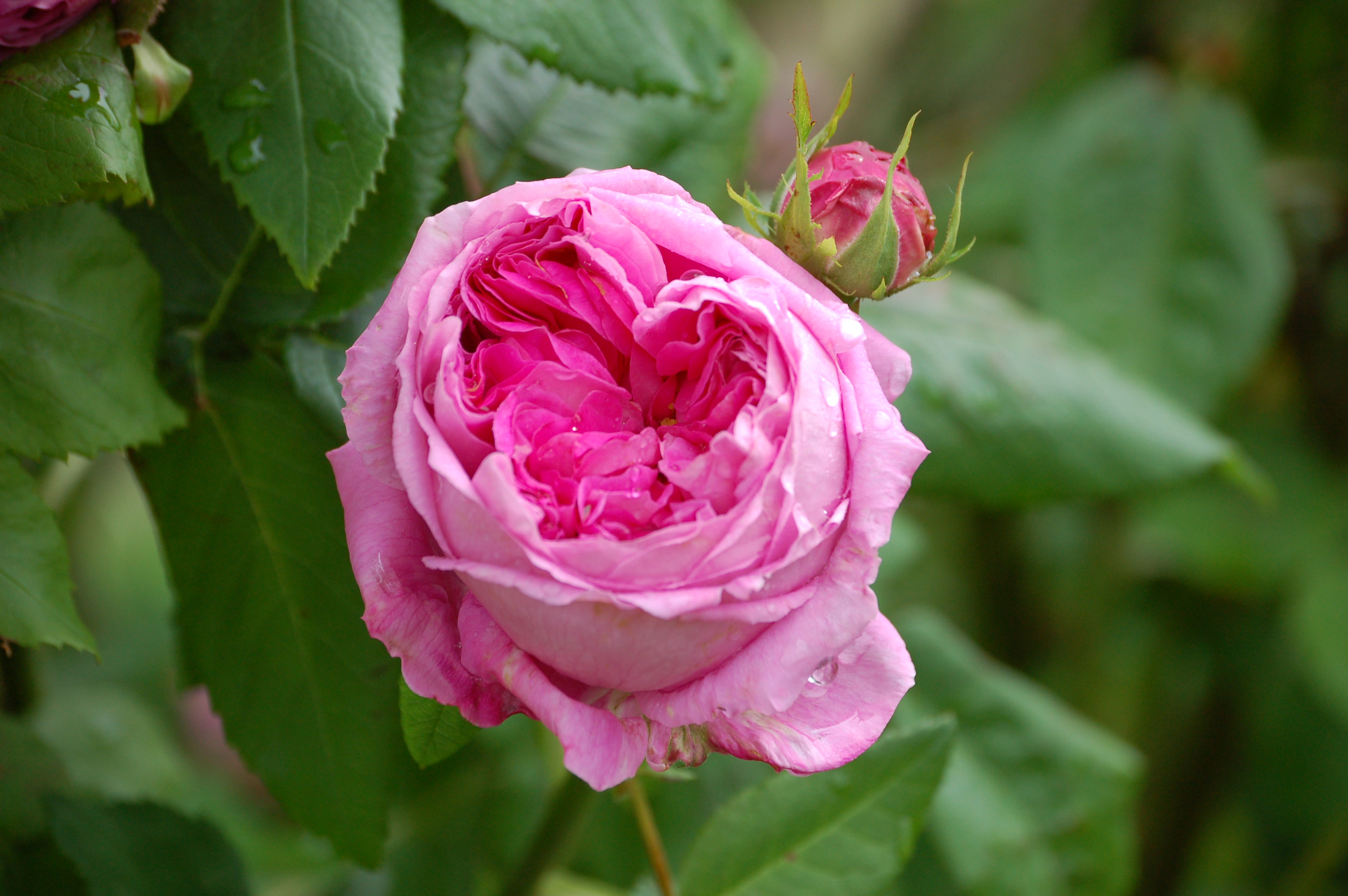
‘Duc de Cambridge’, Laffey, 1880
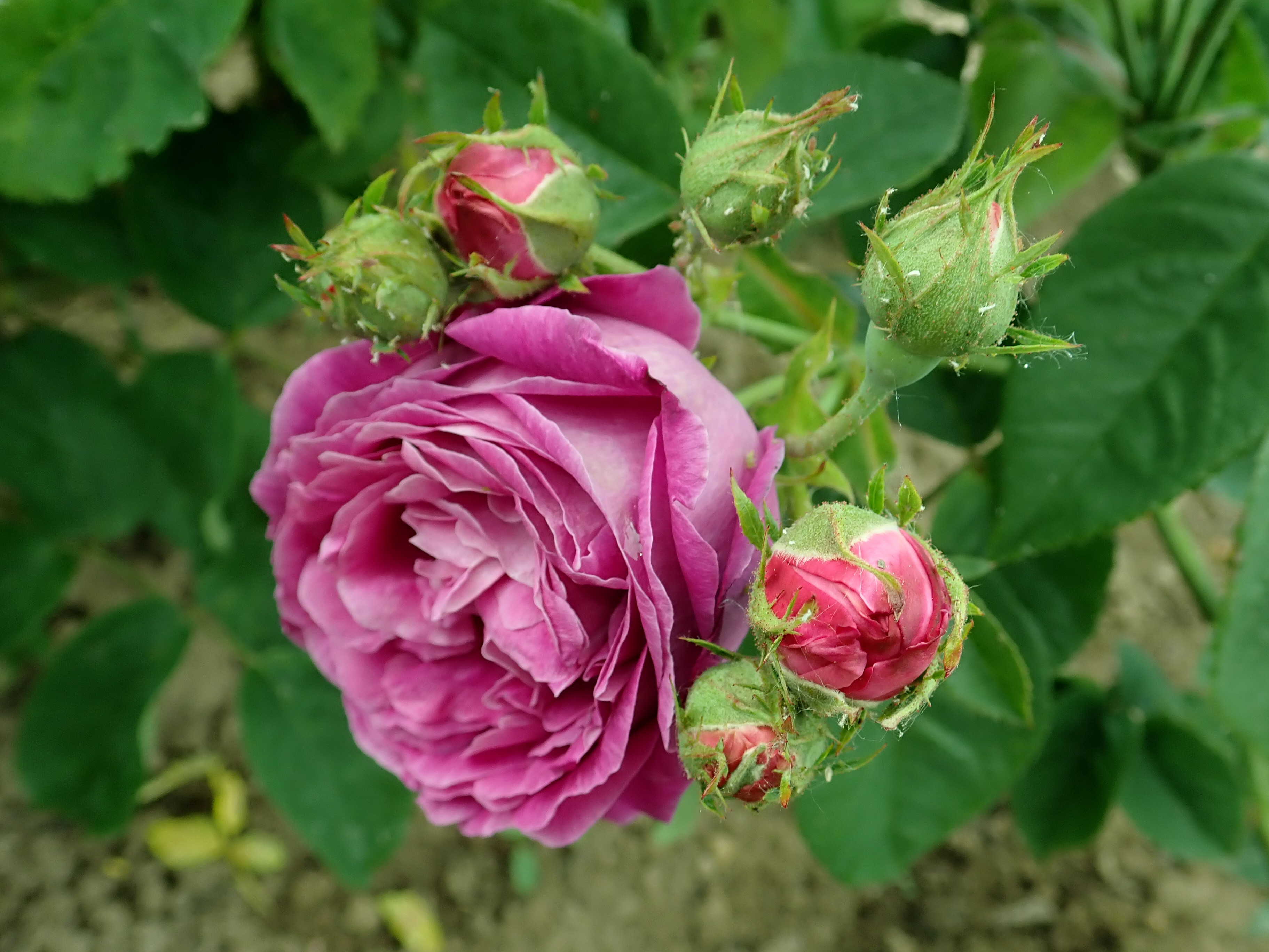
‘Duc de Cazes’, Jean Touvais, 1861
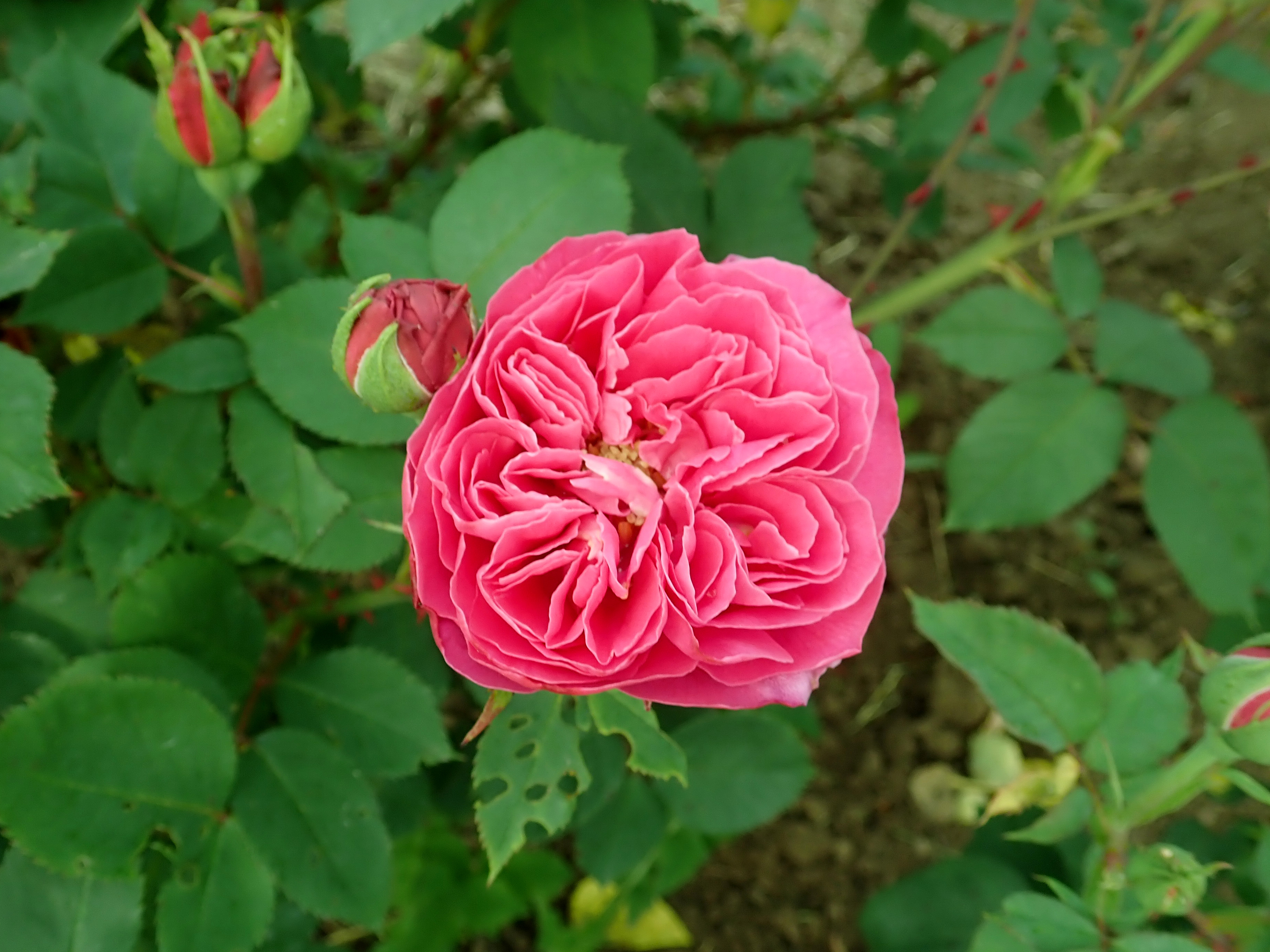
‘Duc de Crillon’, Robert & Moreau, 1860
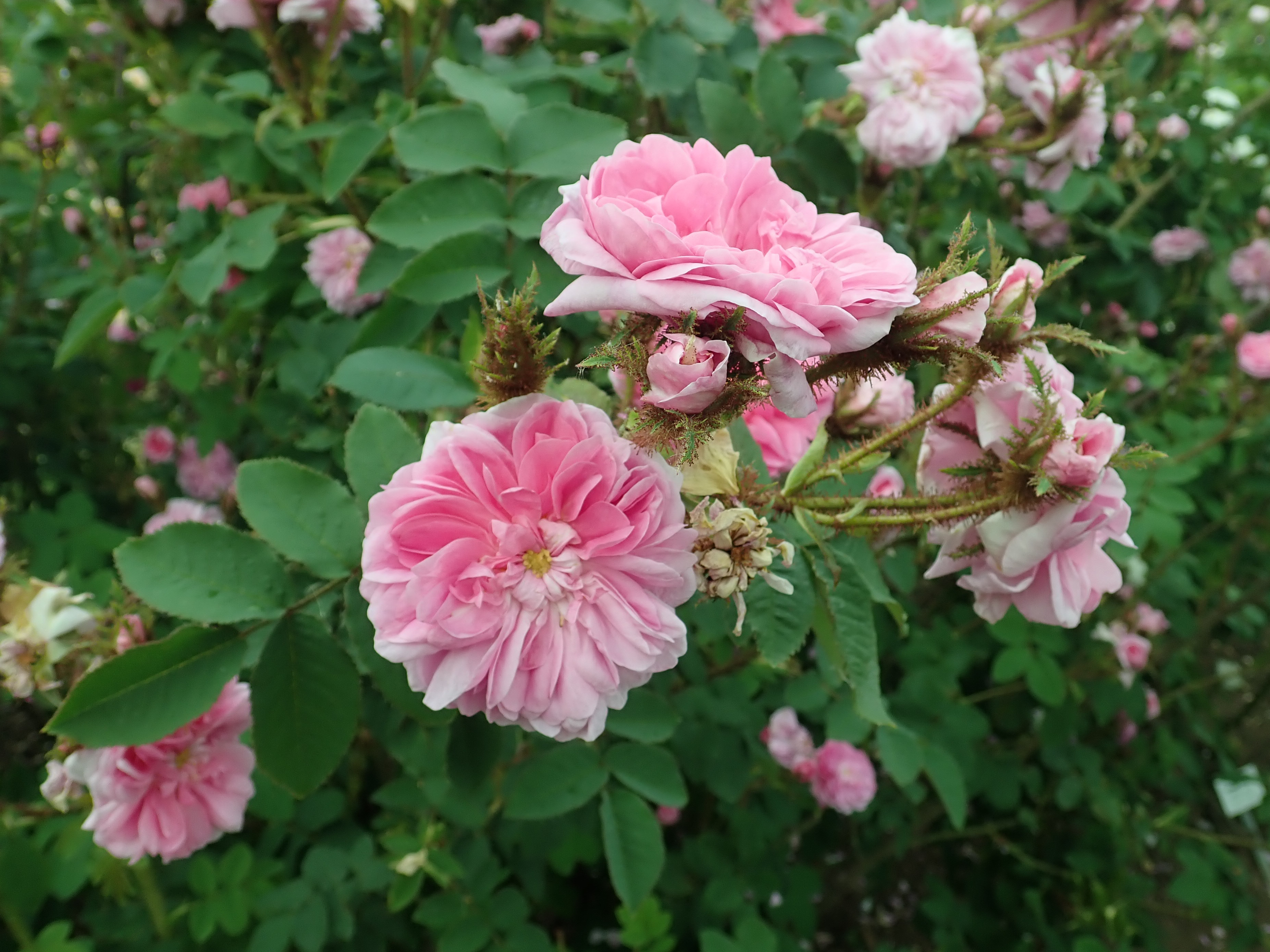
‘Duchesse d’Abrantes’, Robert, 1851
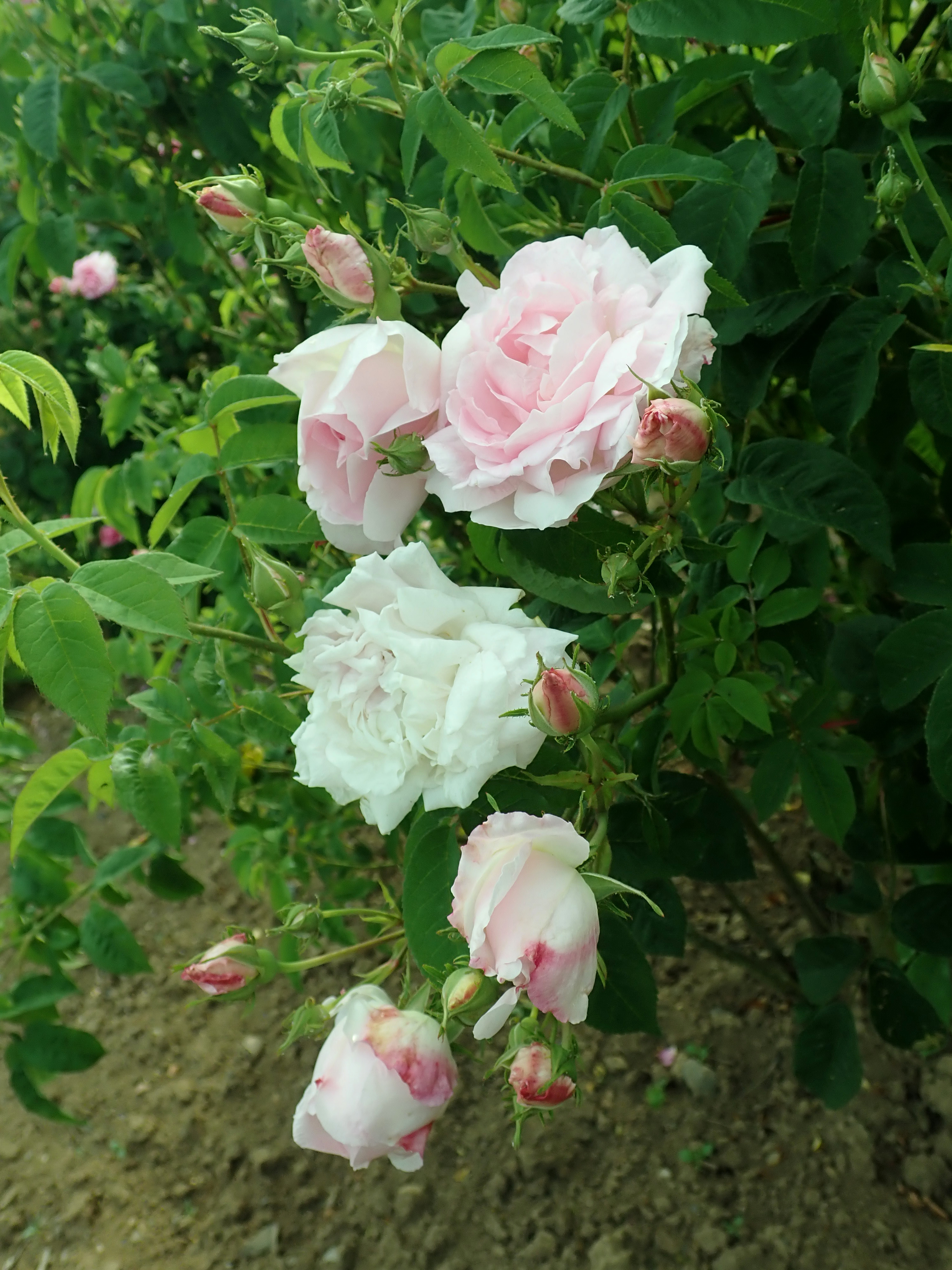
‘Duchesse d’Angoulême’, Vibert, 1821
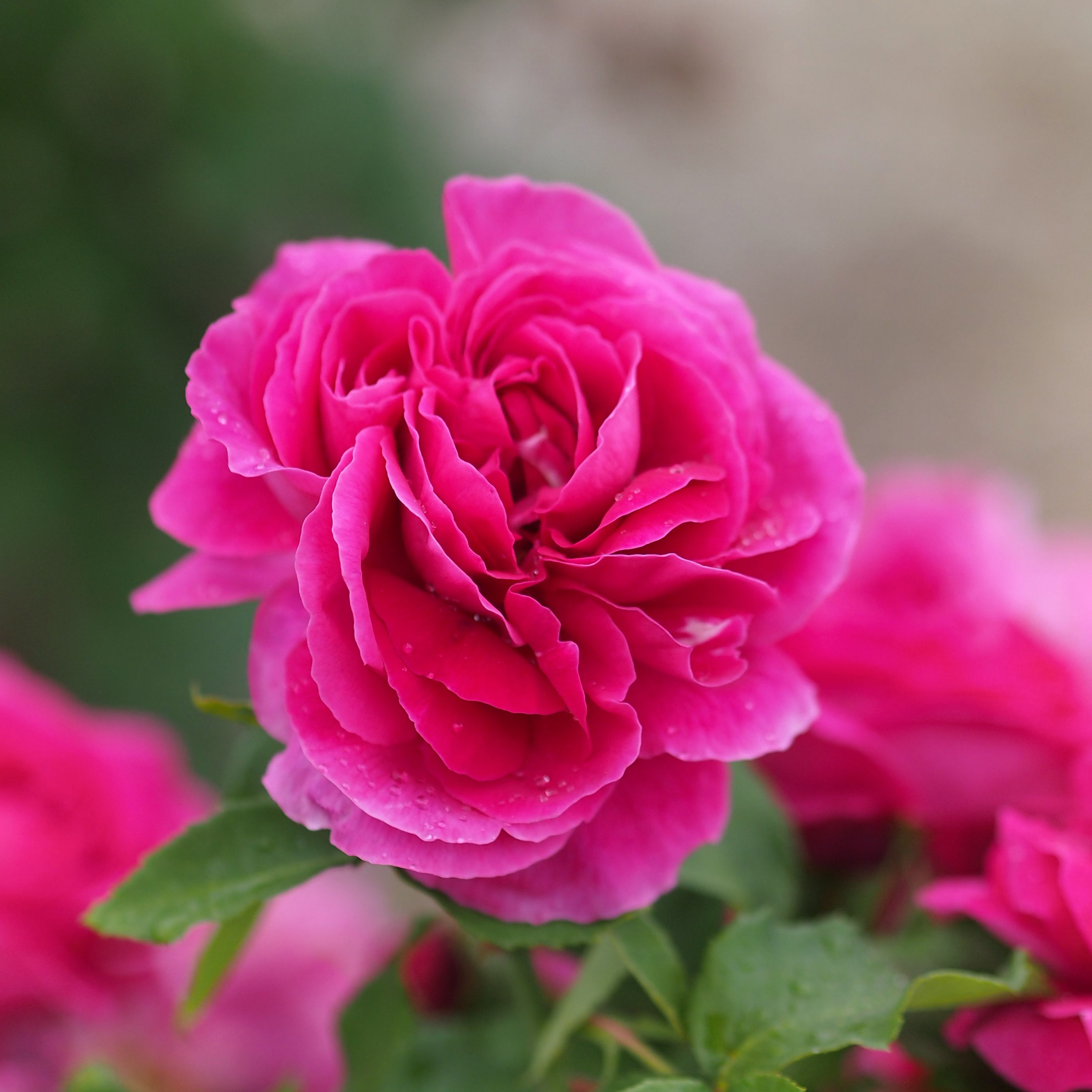
‘Duchesse d’Assuma’, Hippolyte Jamain, 1877
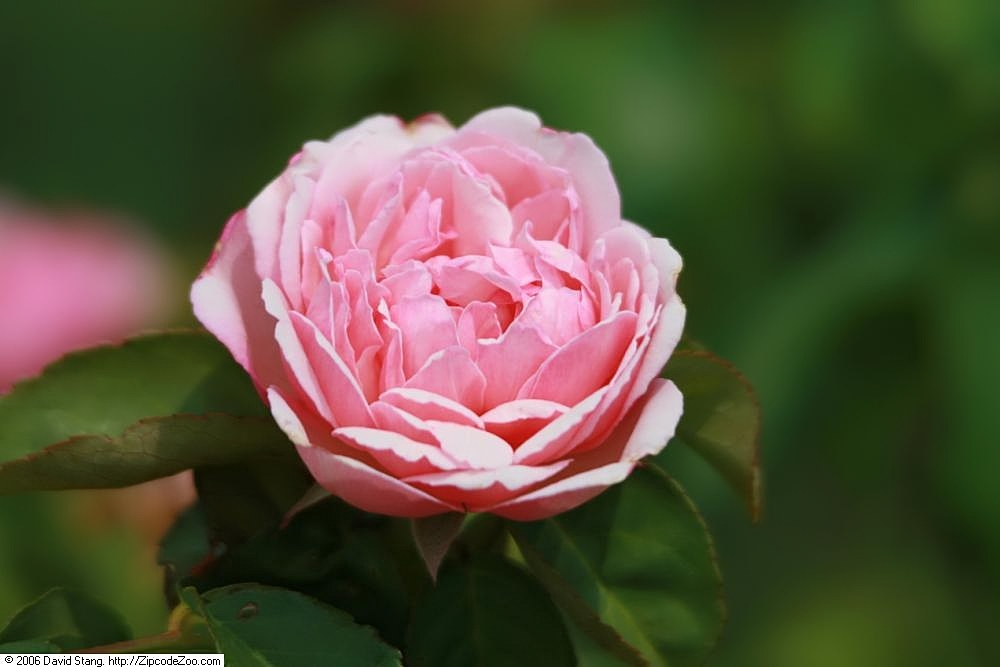
‘Duchesse de Brabant’ (auch ‘Bella Helena’ oder ‘Shell’), Pierre Bernède, 1857
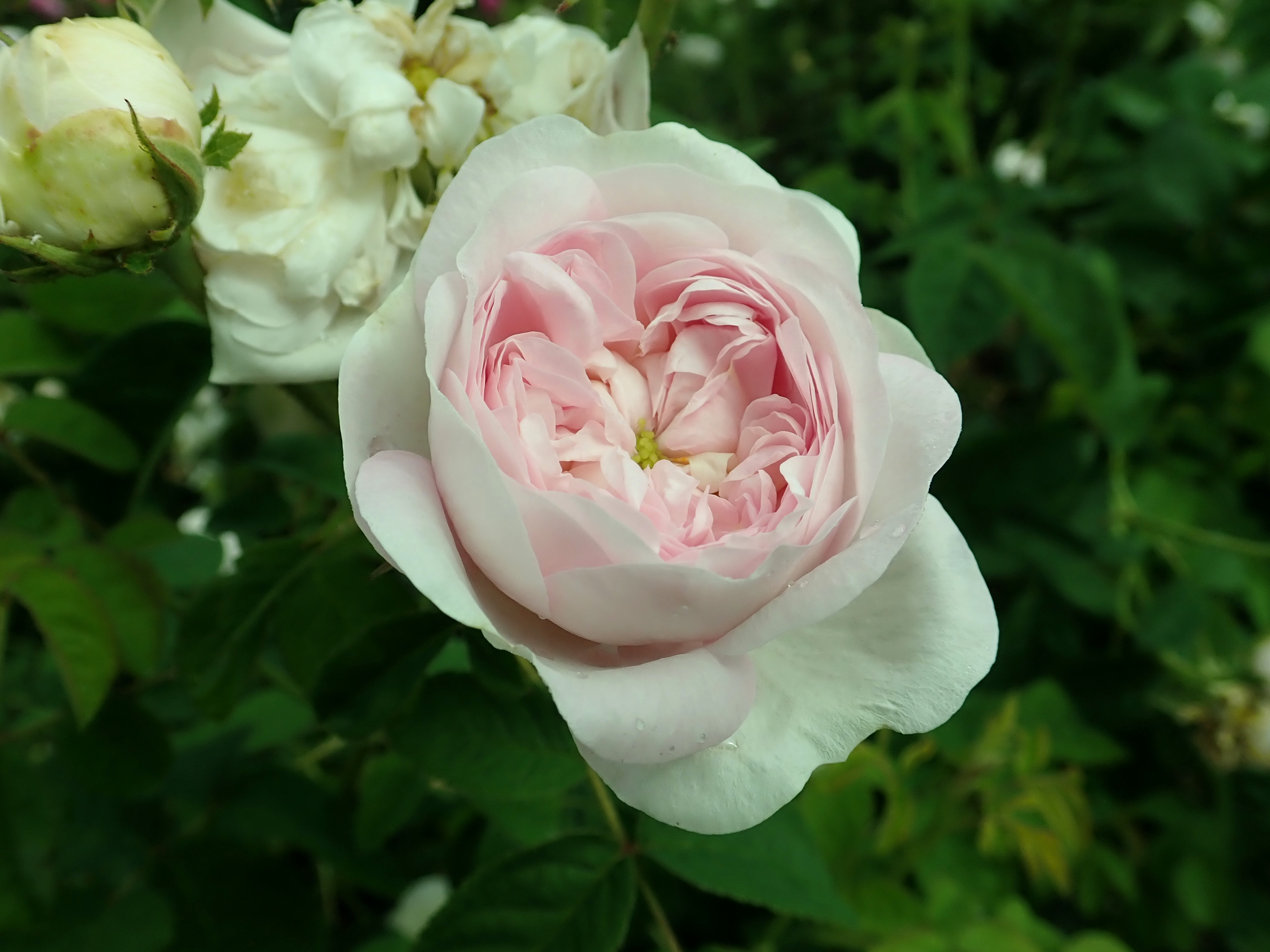
‘Duchesse de Montebello’, M. Laffay, 1835
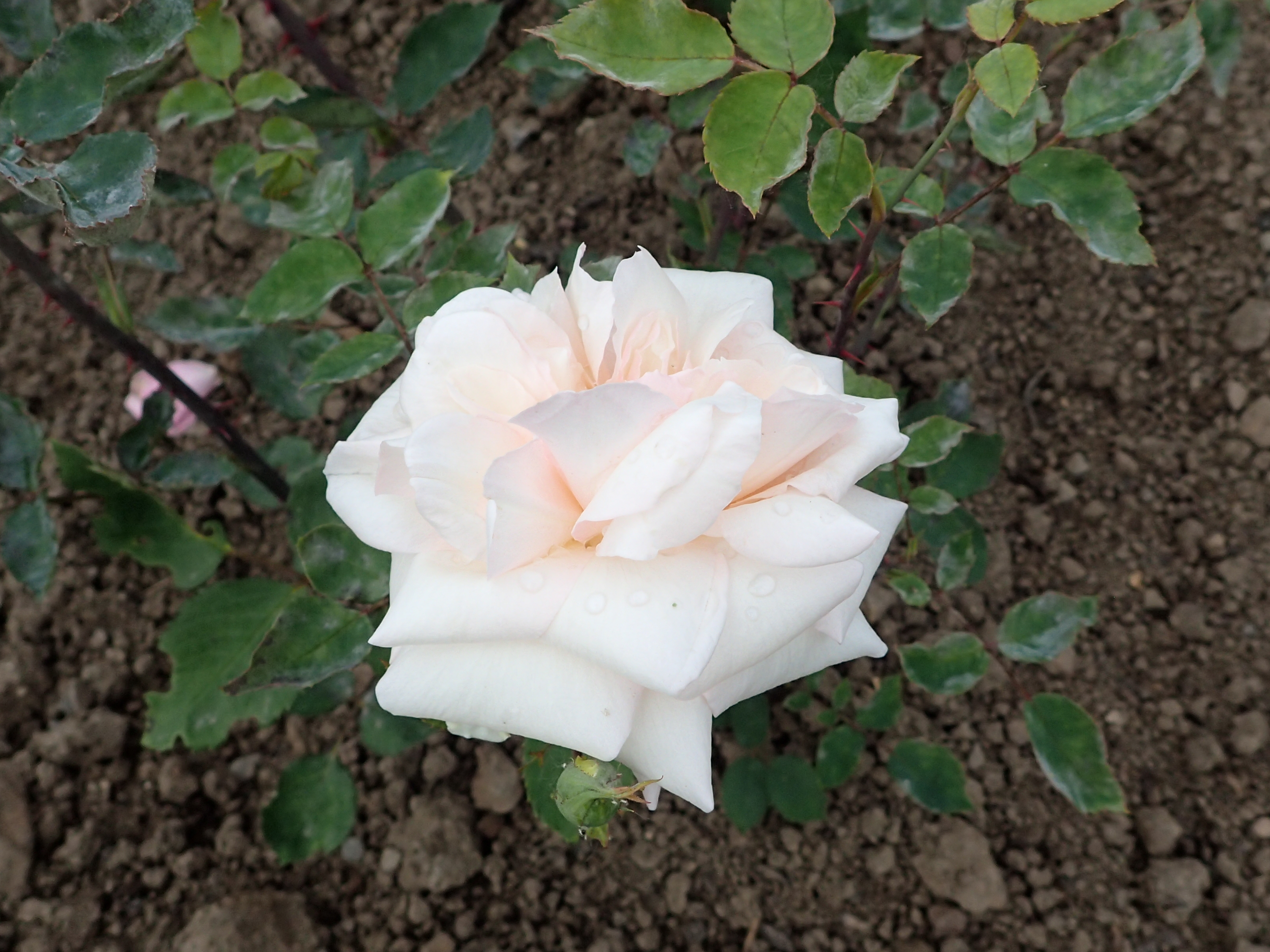
‘Duchesse de la Mothe-Houdancourt’, Mille-Toussaint, 1907
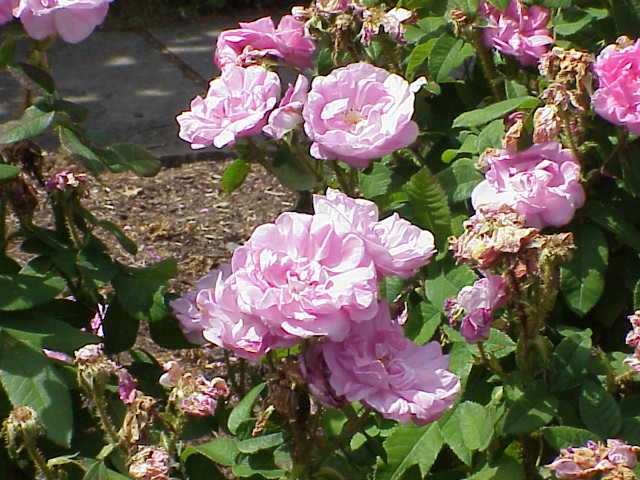
‘Duchesse de Verneuil’, Portemer, 1856
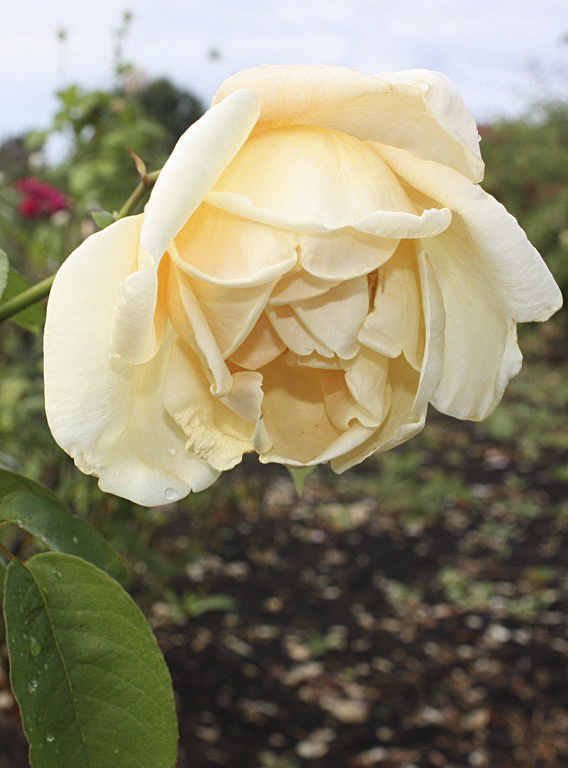
‘Duchess of Wellington’, Alexander Dickson II, 1909
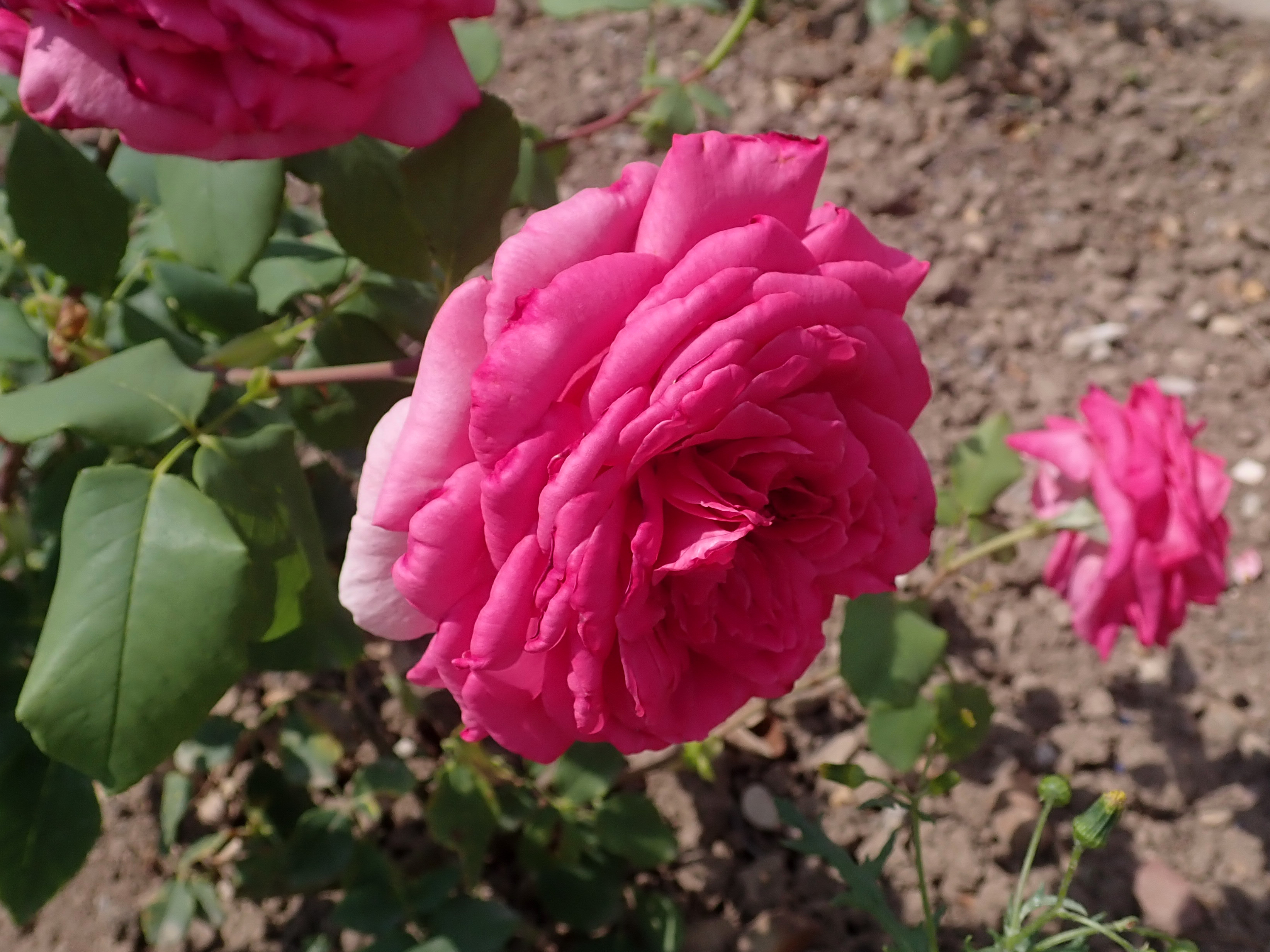
‘Duftrausch’, Tantau, 1986
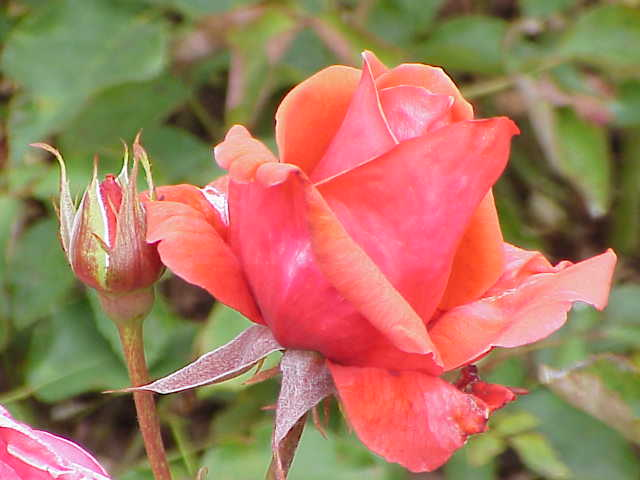
‘Duftwolke’, M. Tantau jun., 1963
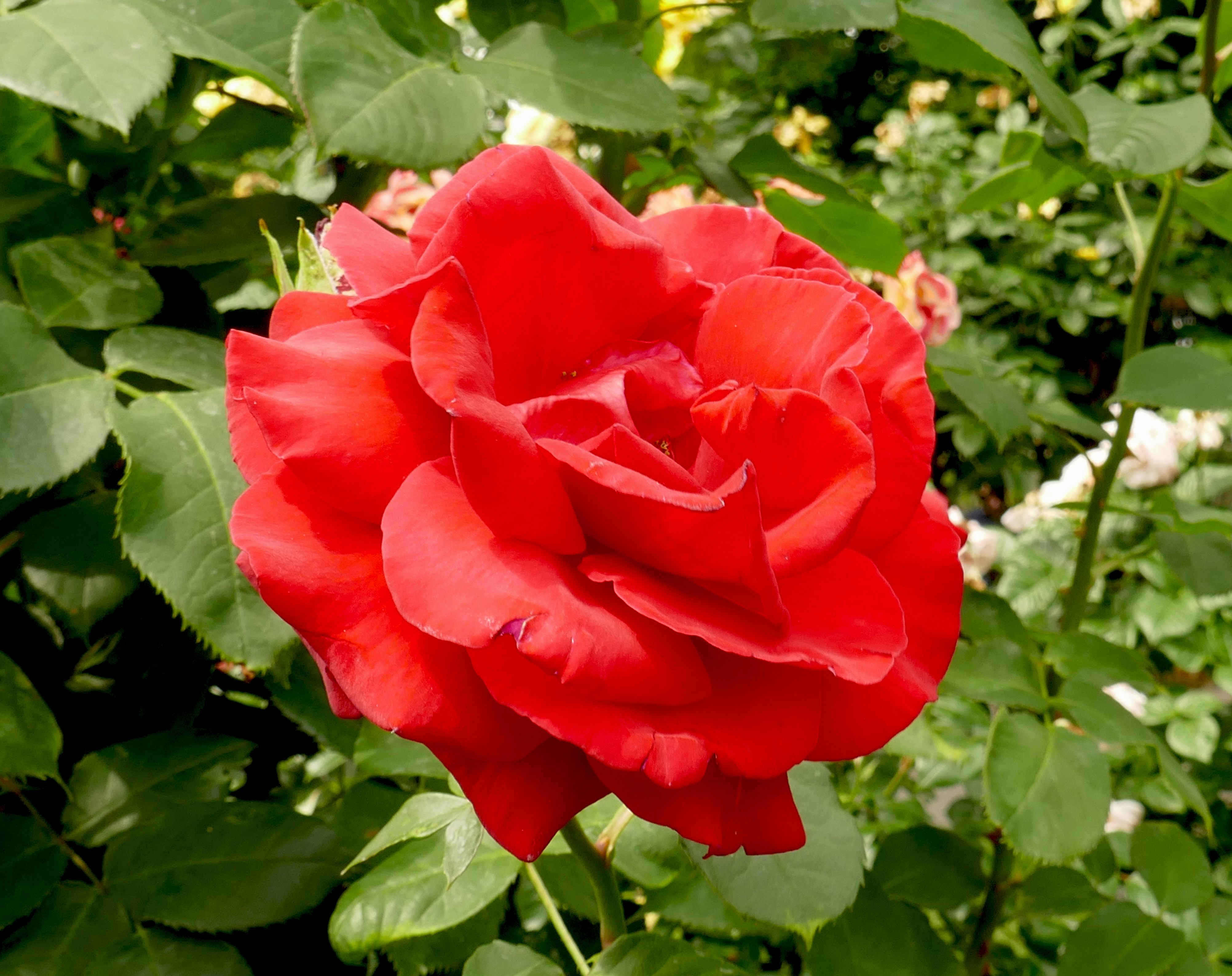
‘Duftzauber 84’, Kordes, 1984
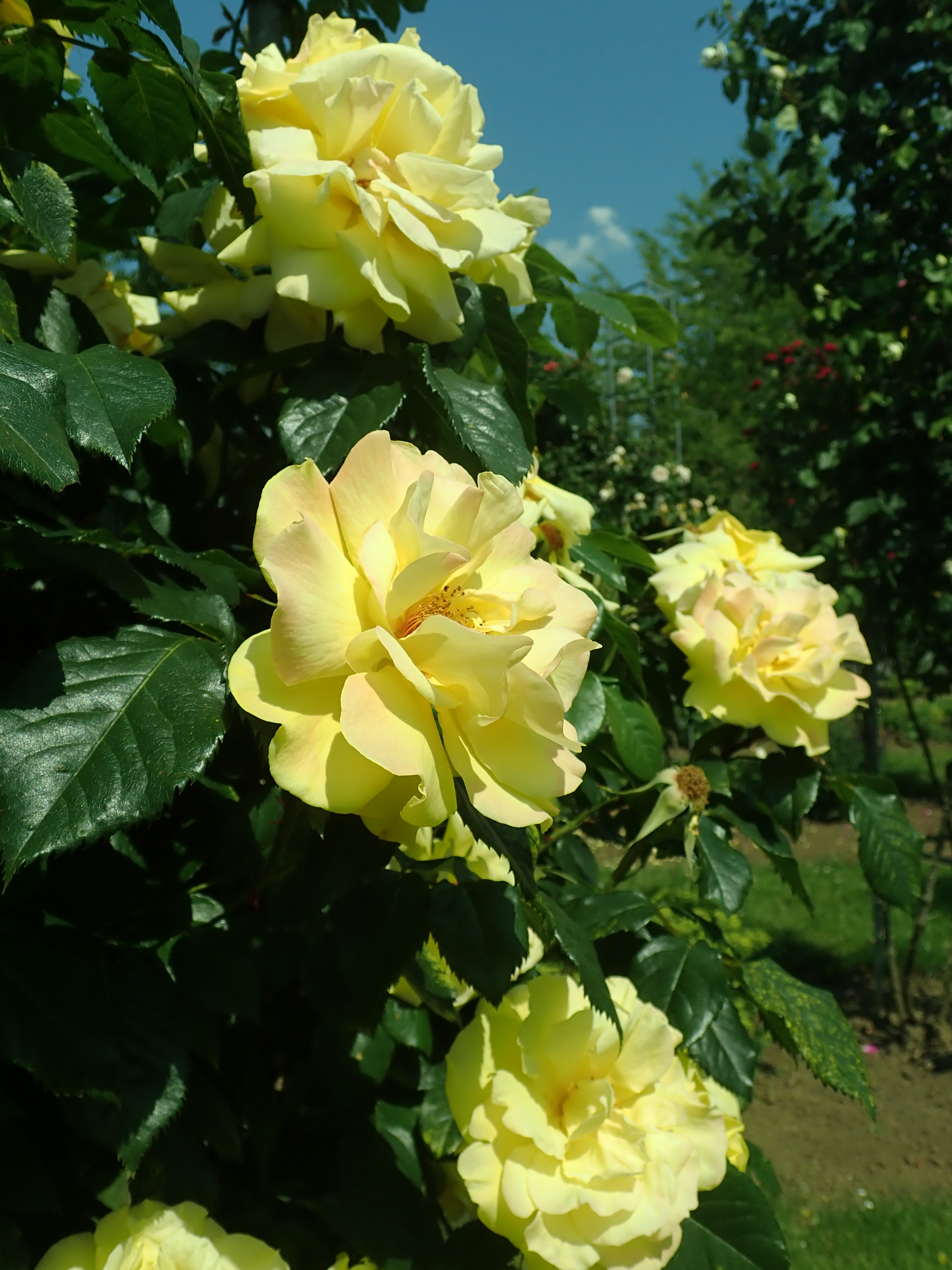
‘Dukat’, Evers/Tantau, 1999/2010
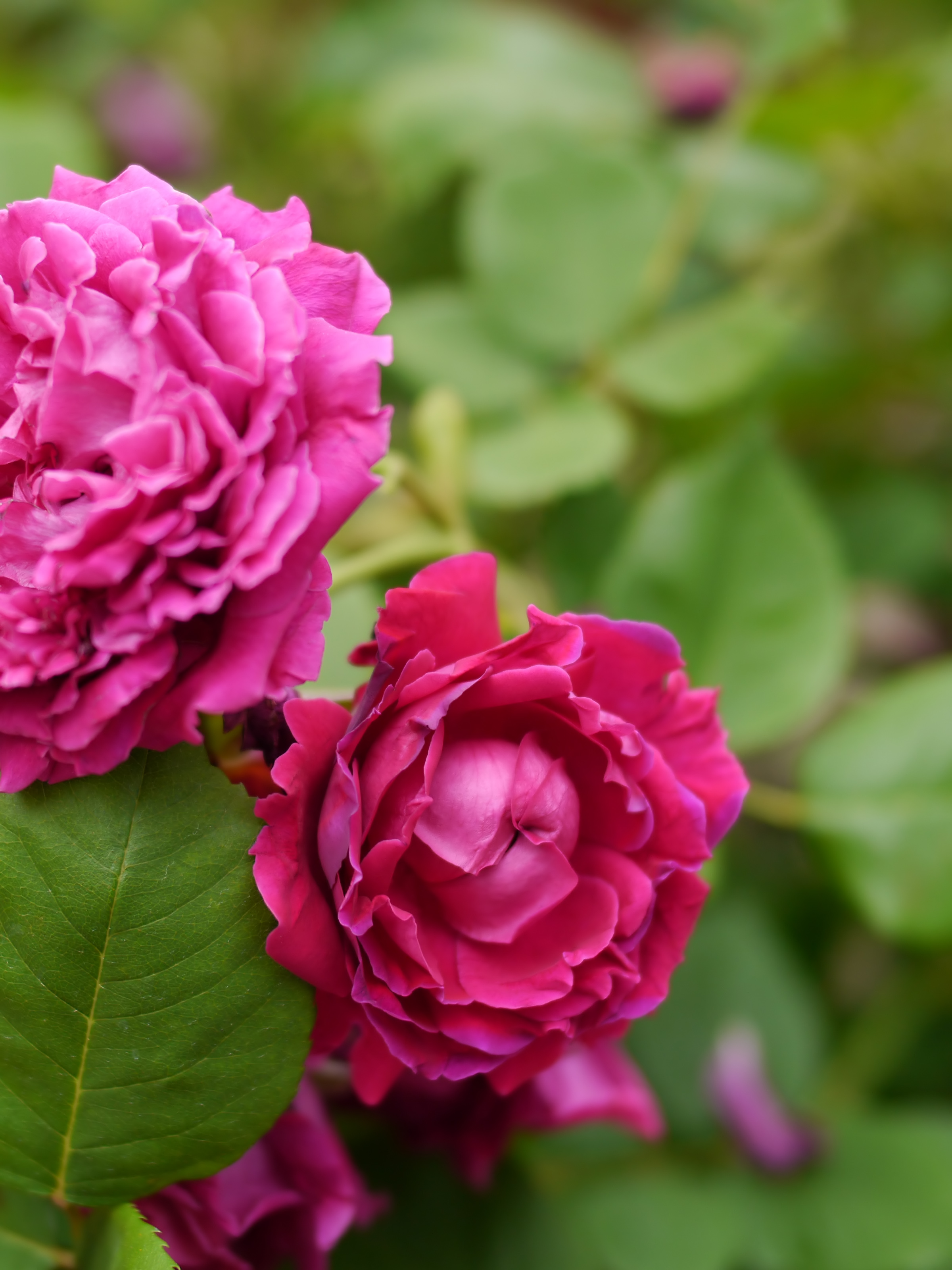
‘Duke of Edinburgh’, George Paul, 1868
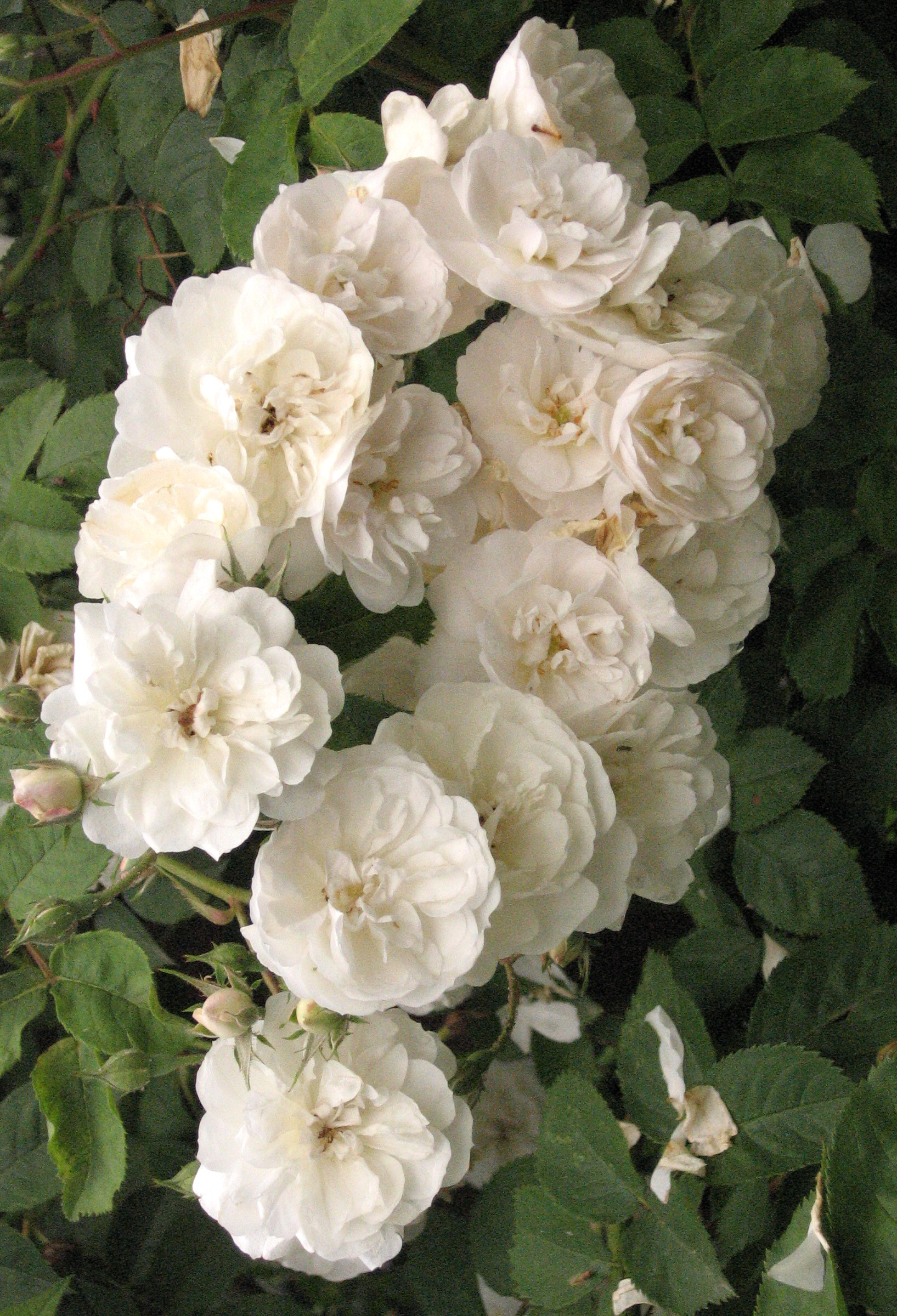
‘Dundee Rambler’, D. Martin, vor 1836
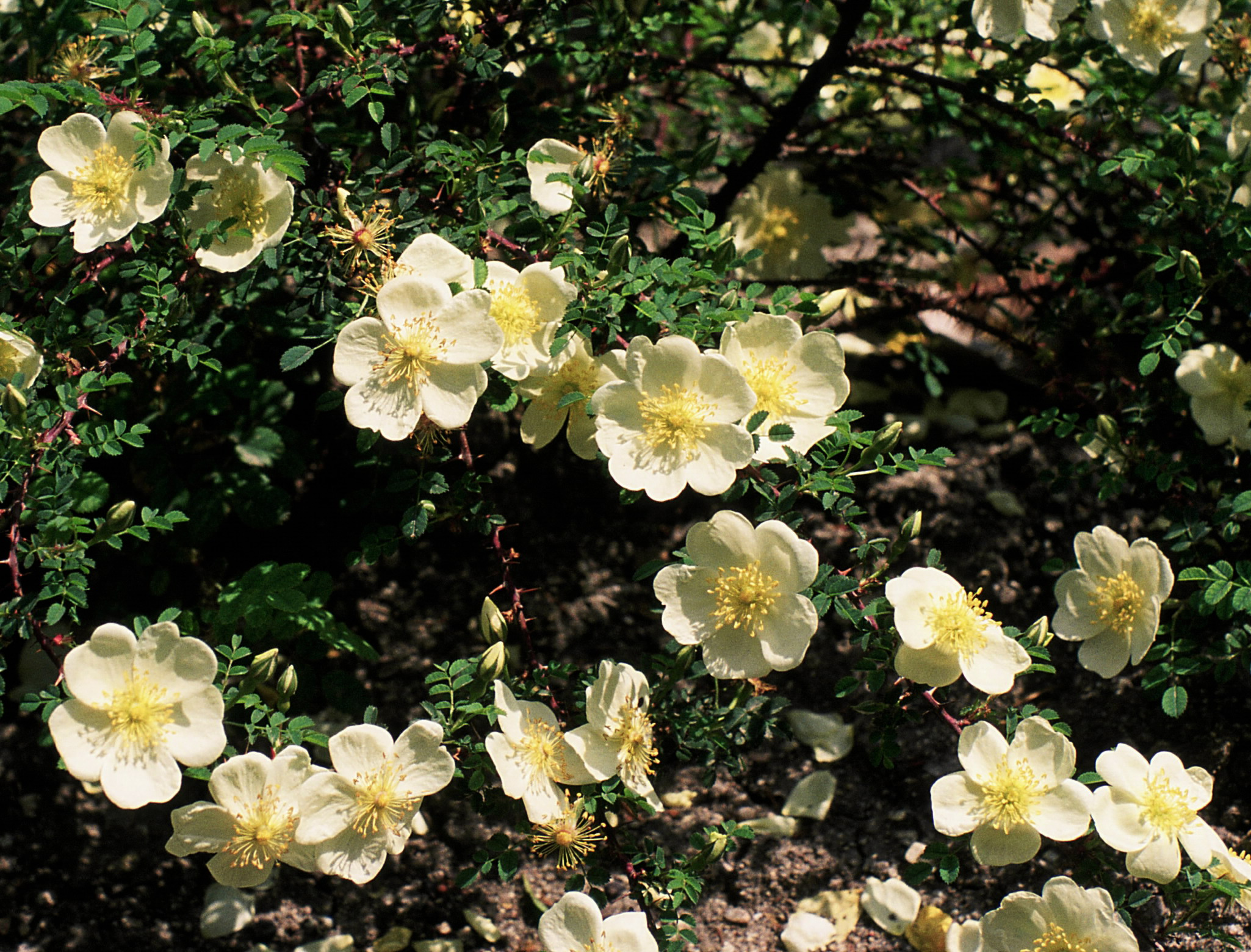
‘Dunwich Rose’, ?, 1950
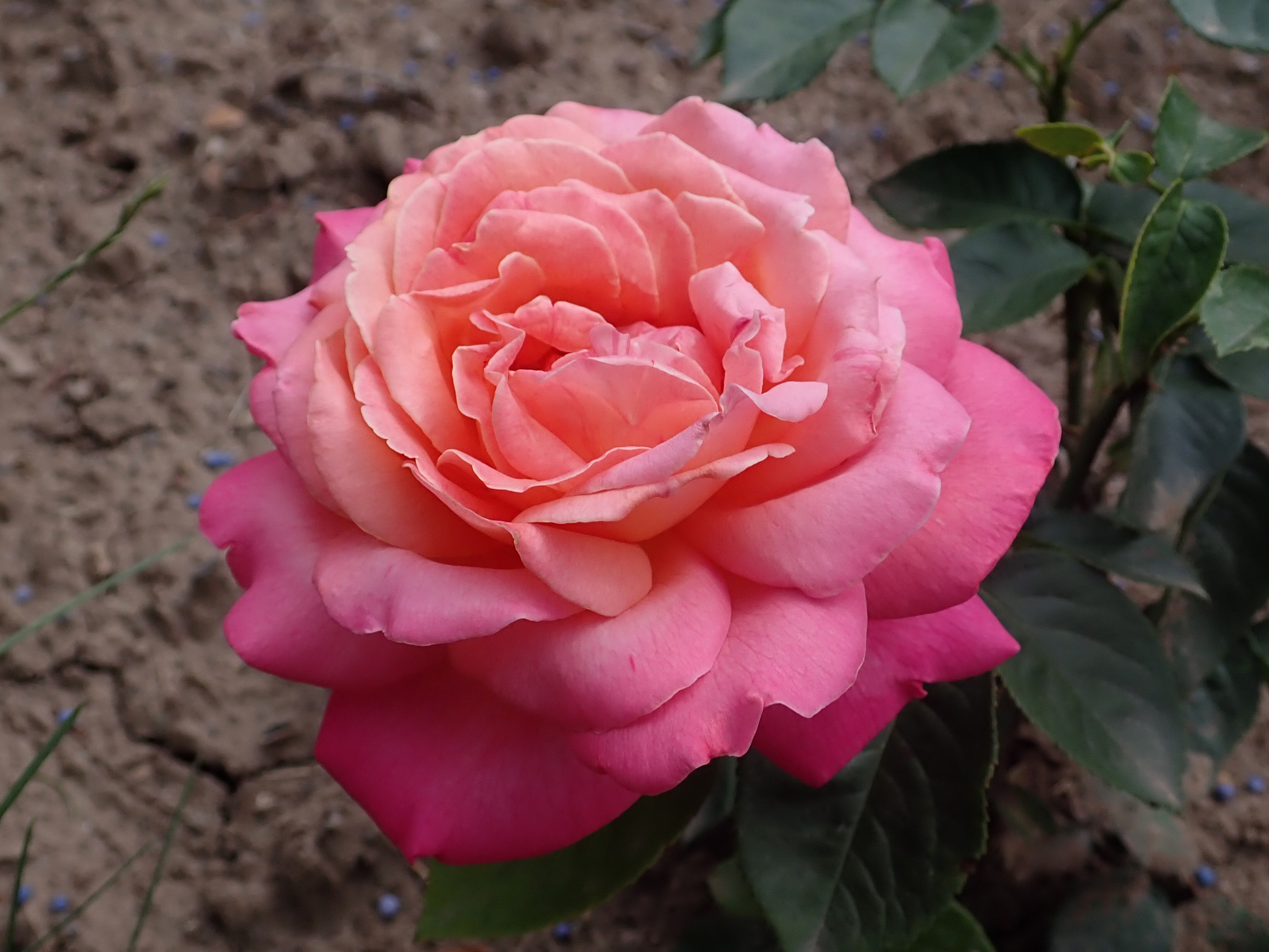
‘Duo’, Gaujard, 1955
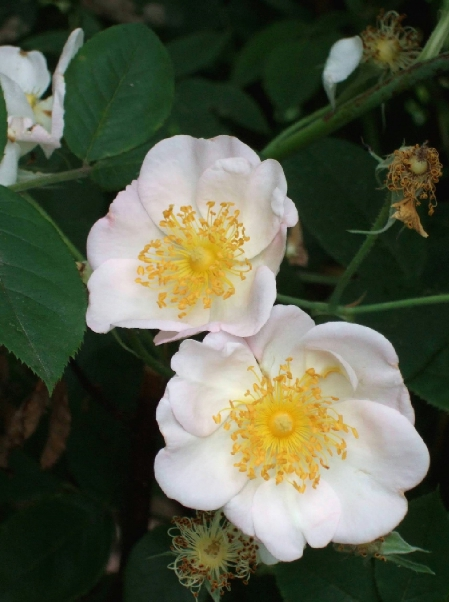
‘Dupontii’, Dupont, 1817

## E

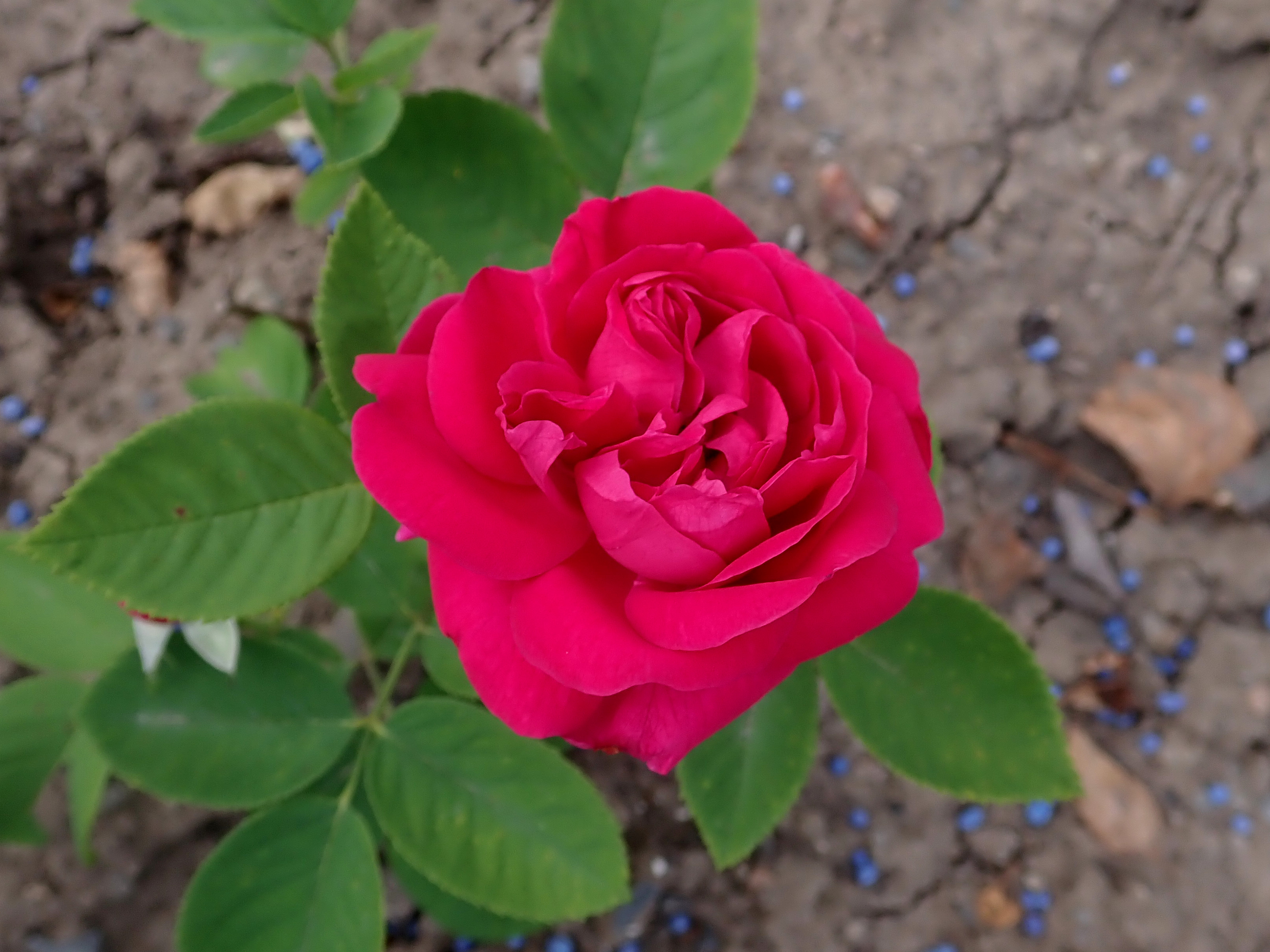
‘Earl of Pembroke’, Henry Bennett, 1882
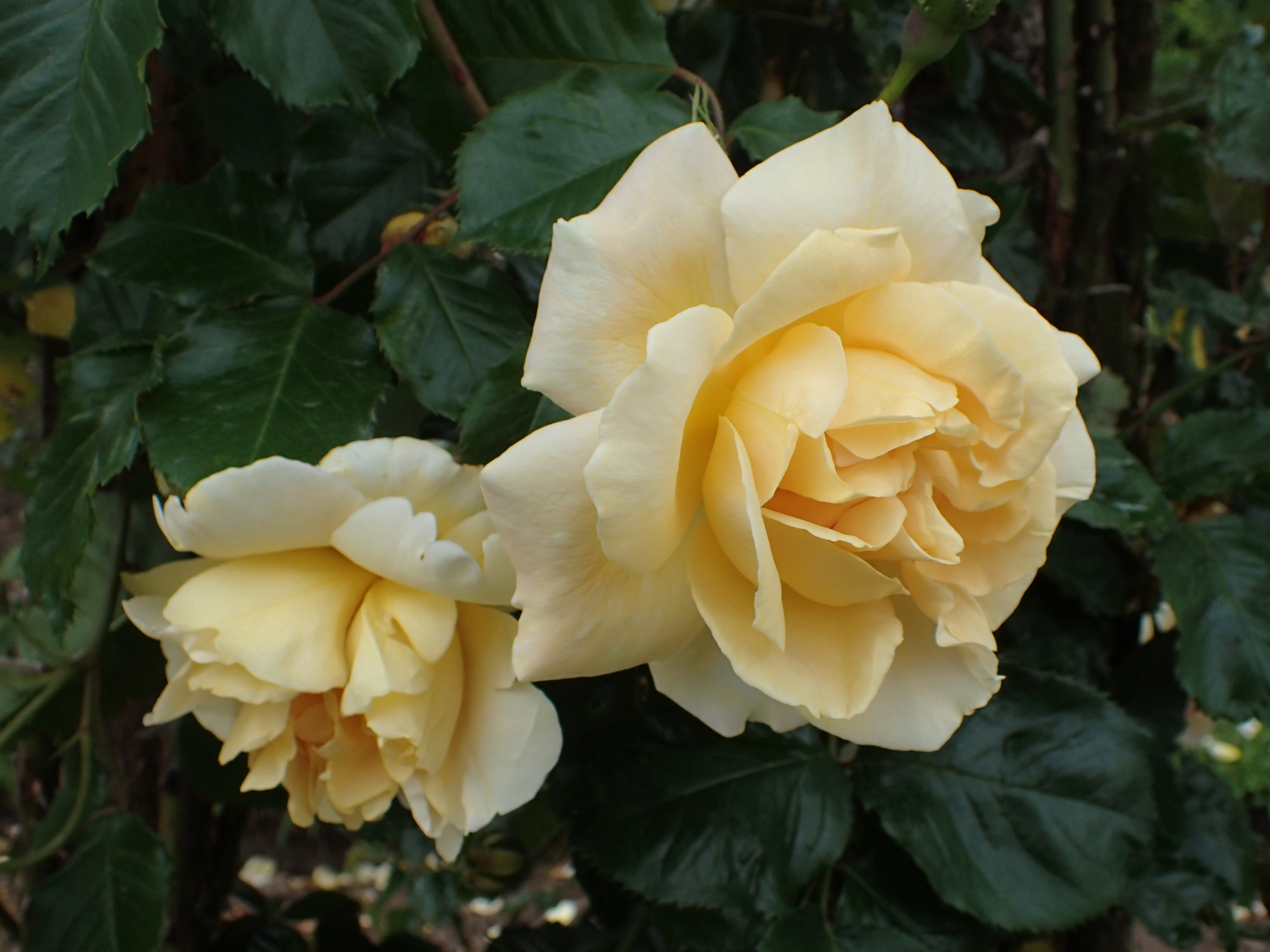
‘Easlea’s Golden Rambler’, Walter Easlea, 1932
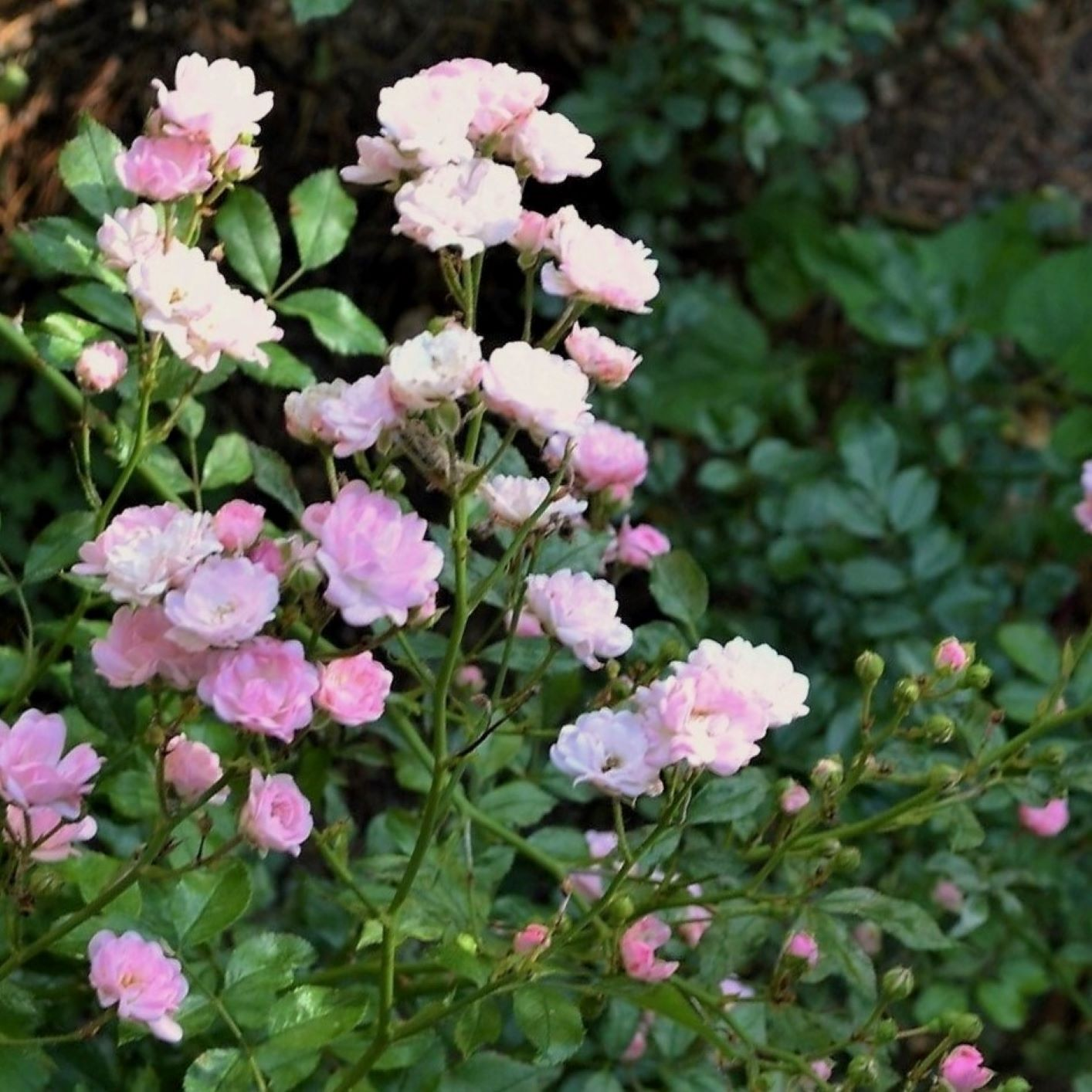
‘Easy Cover’, Olesen/Poulsen, 1989
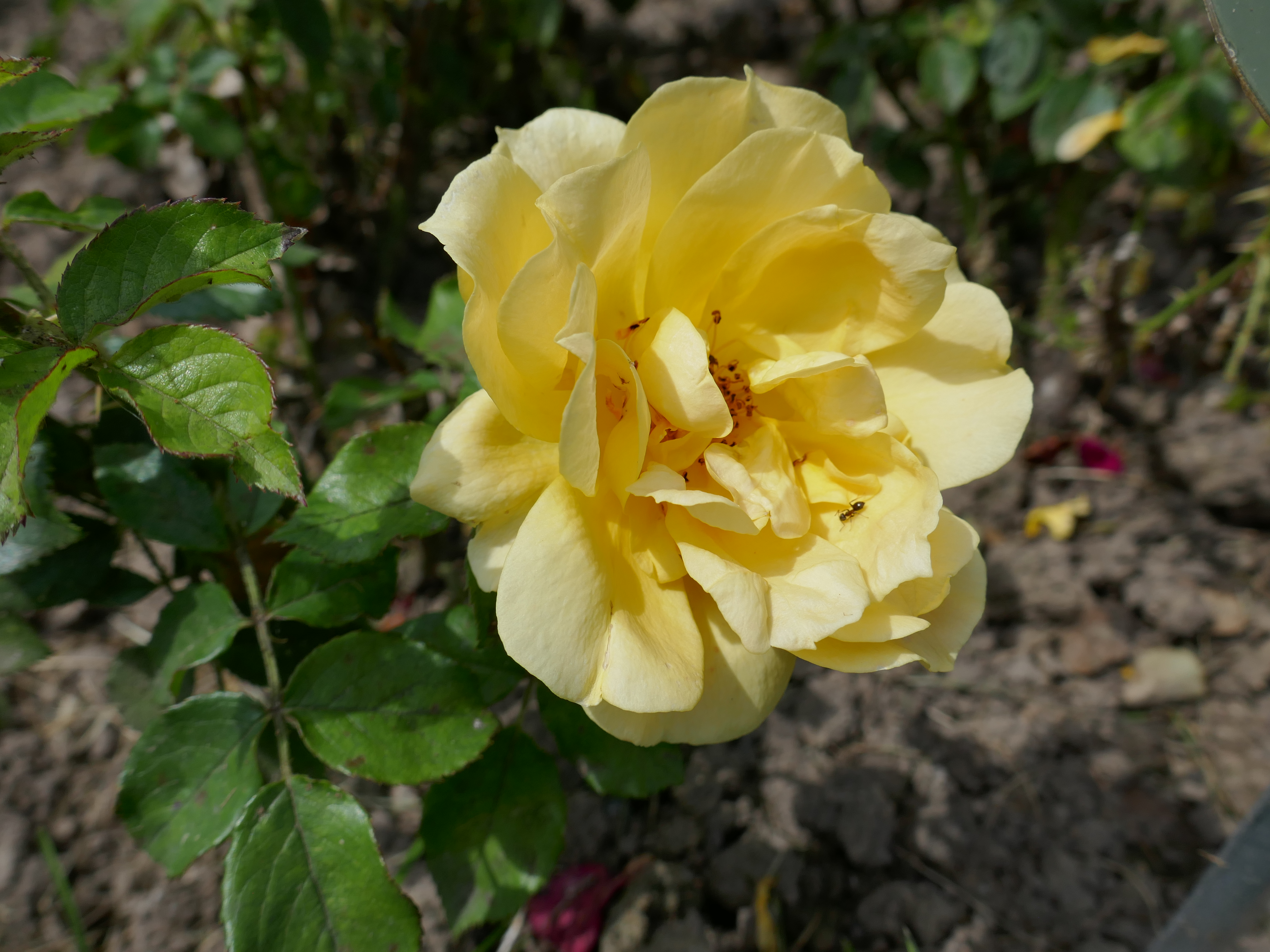
‘Easy Going’, Harkness, 2001
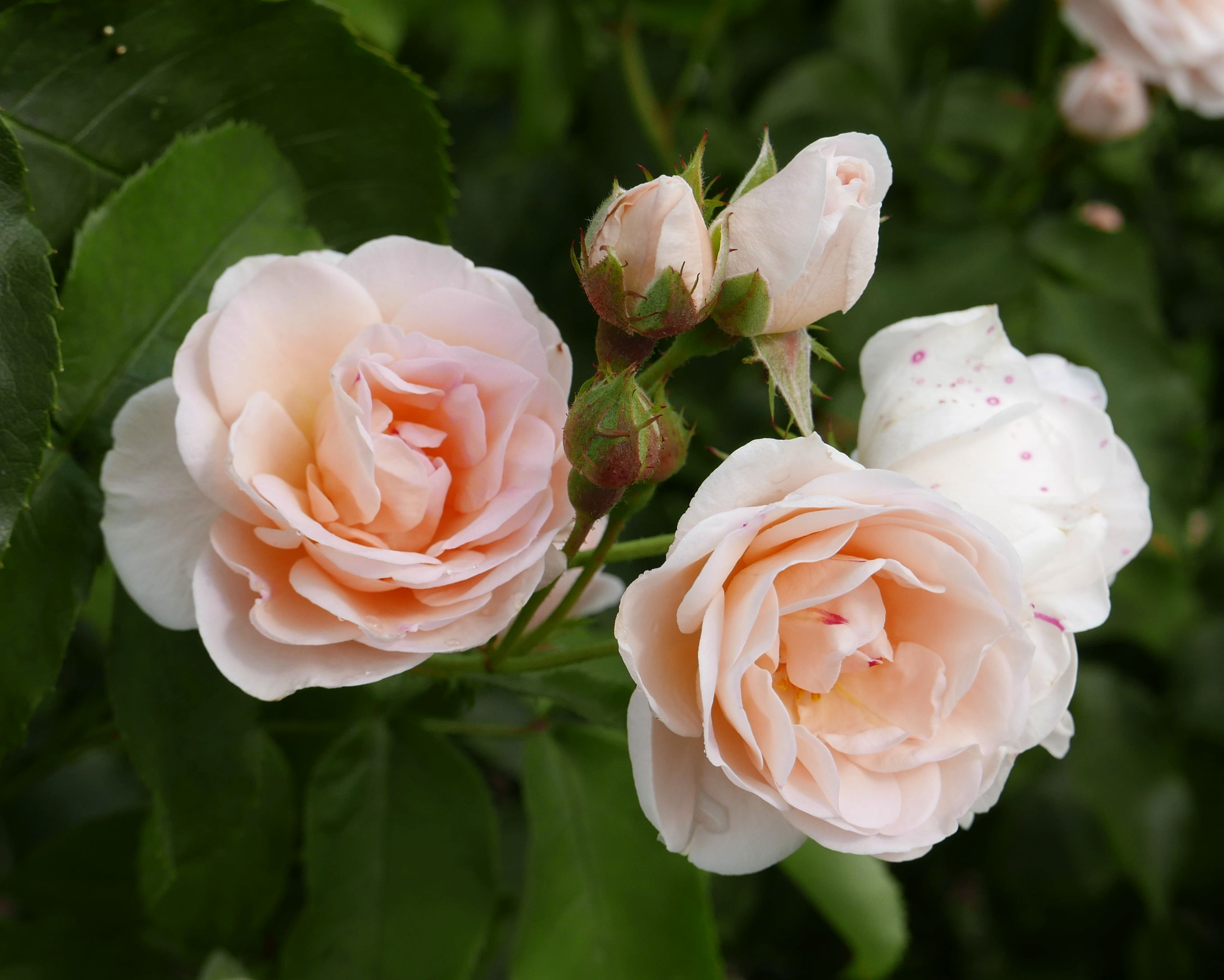
‘Easy to cut, Lens, 1997
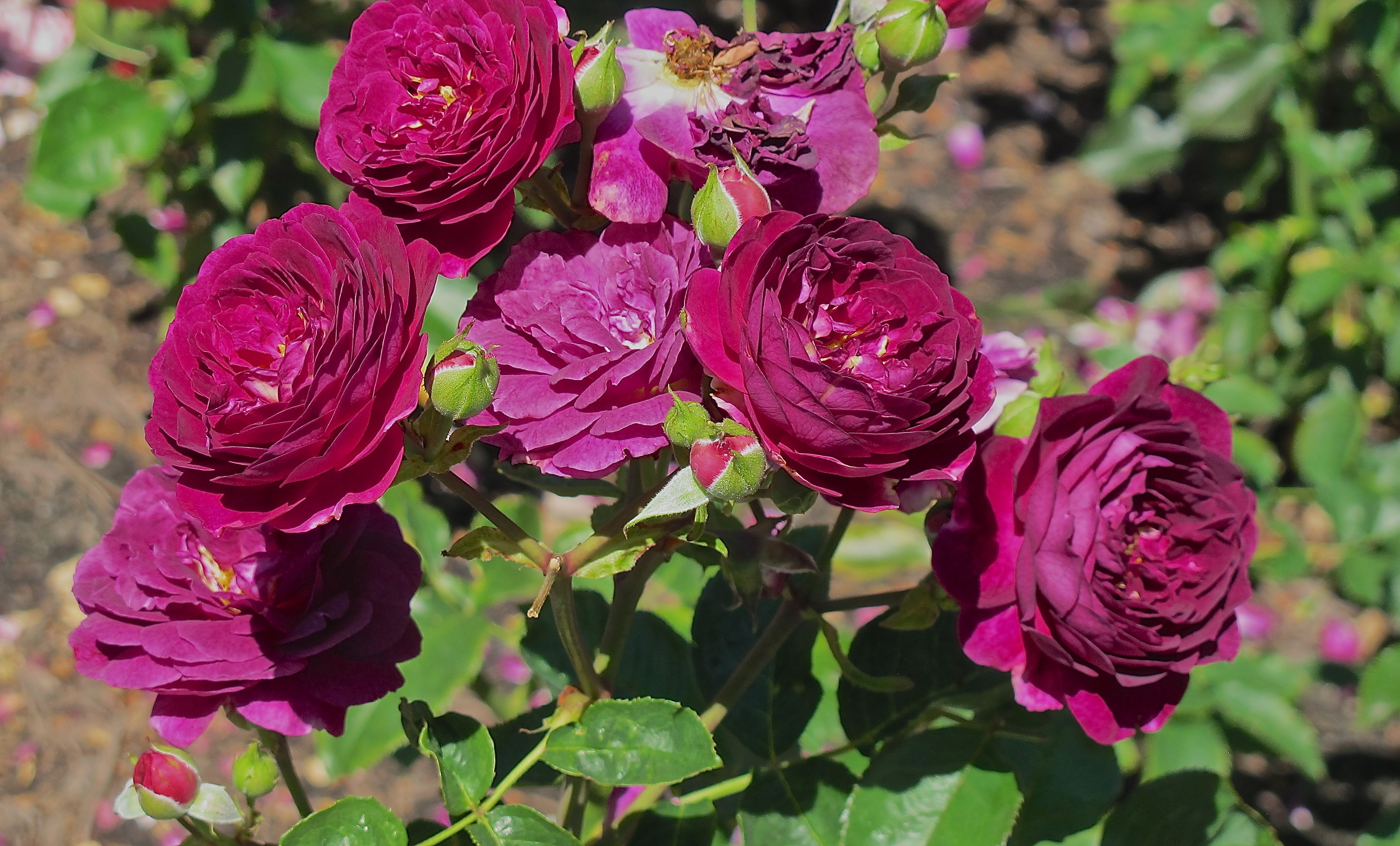
‘Ebb Tide’, Tom Carruth, 2001
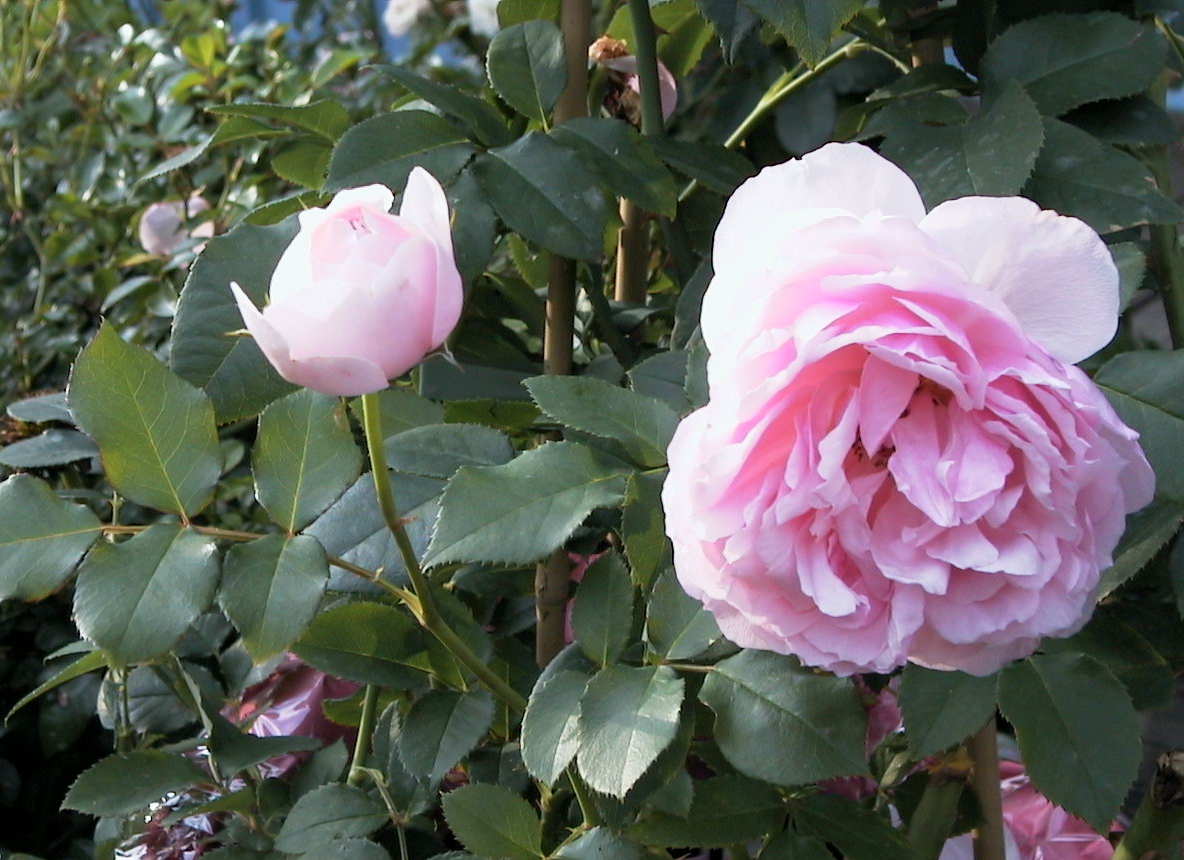
‘Eckart Witzigmann’, Delbard, 2003
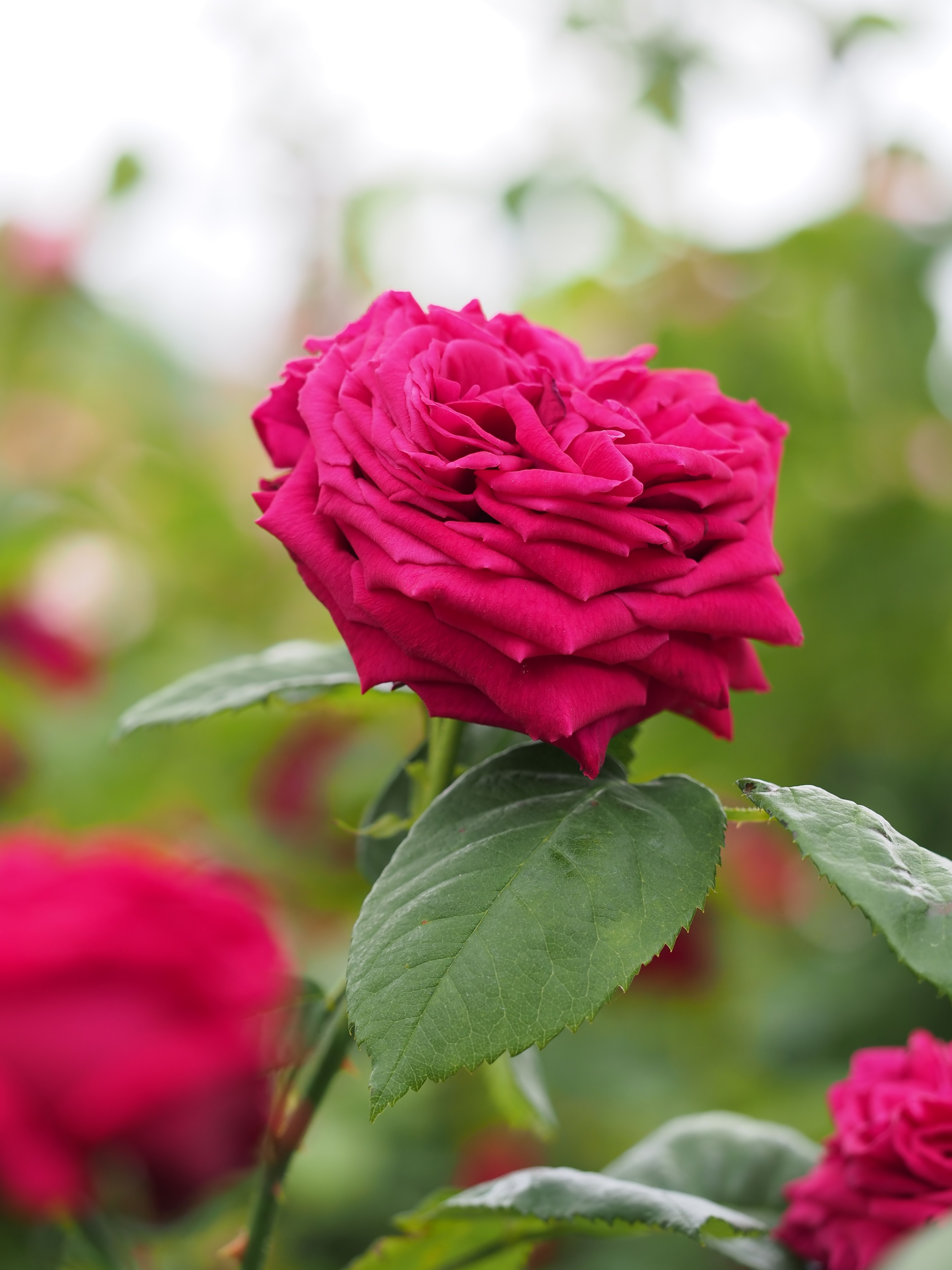
‘Éclair’, François Lacharme, 1883
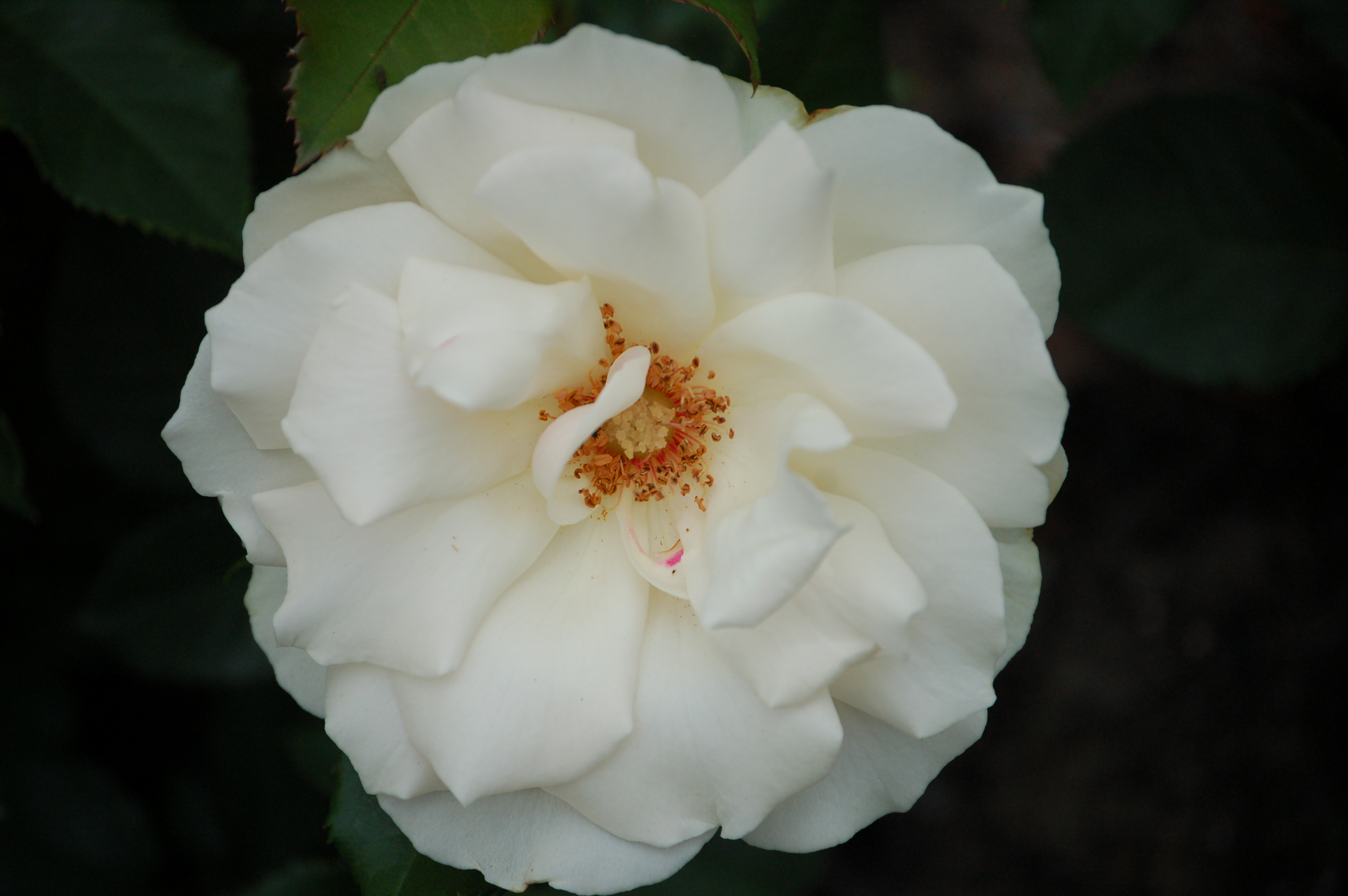
‘Edelweiss’, Poulsen, 1969
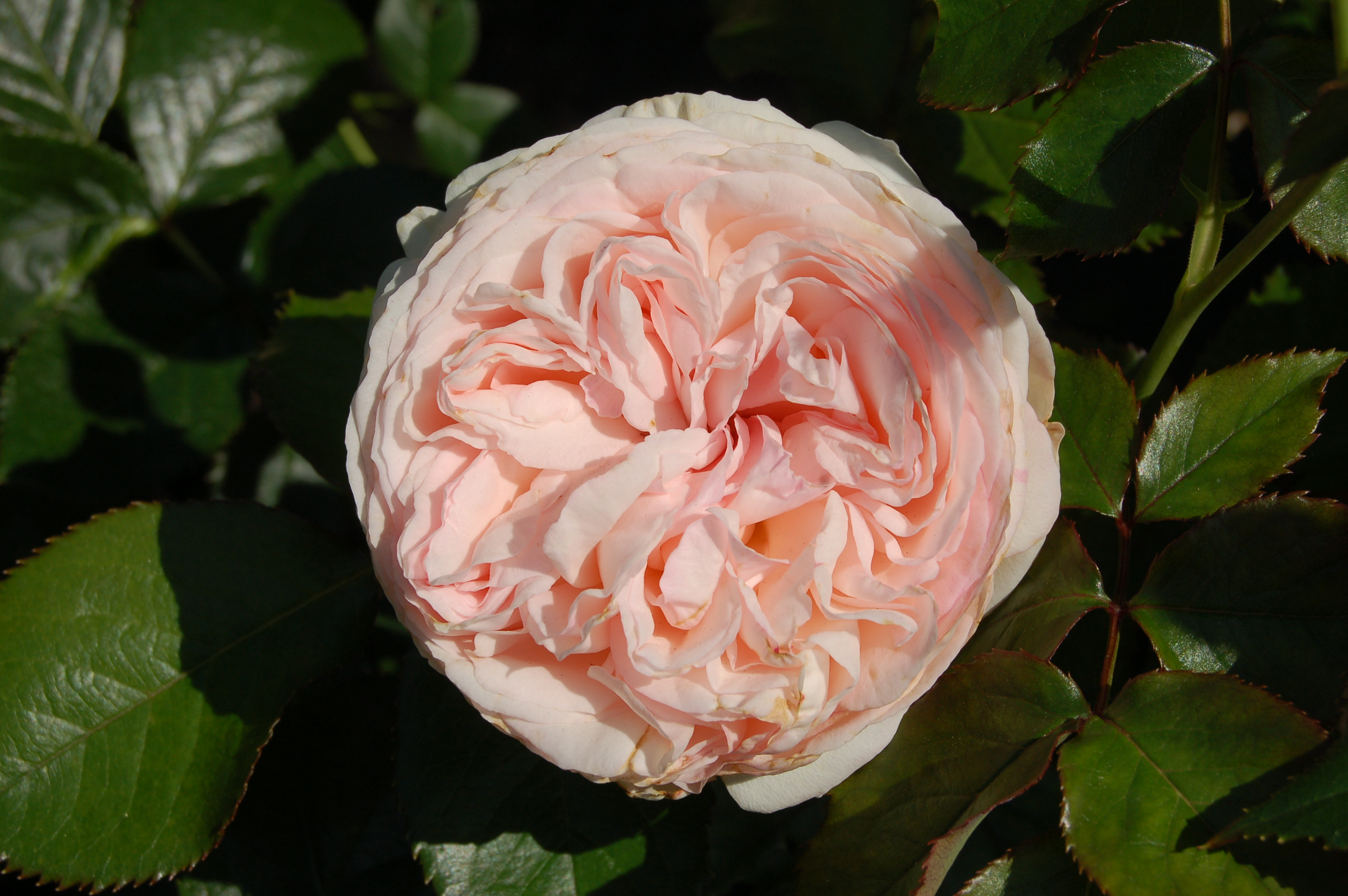
‘Eden-Rose’, Meilland, 1985
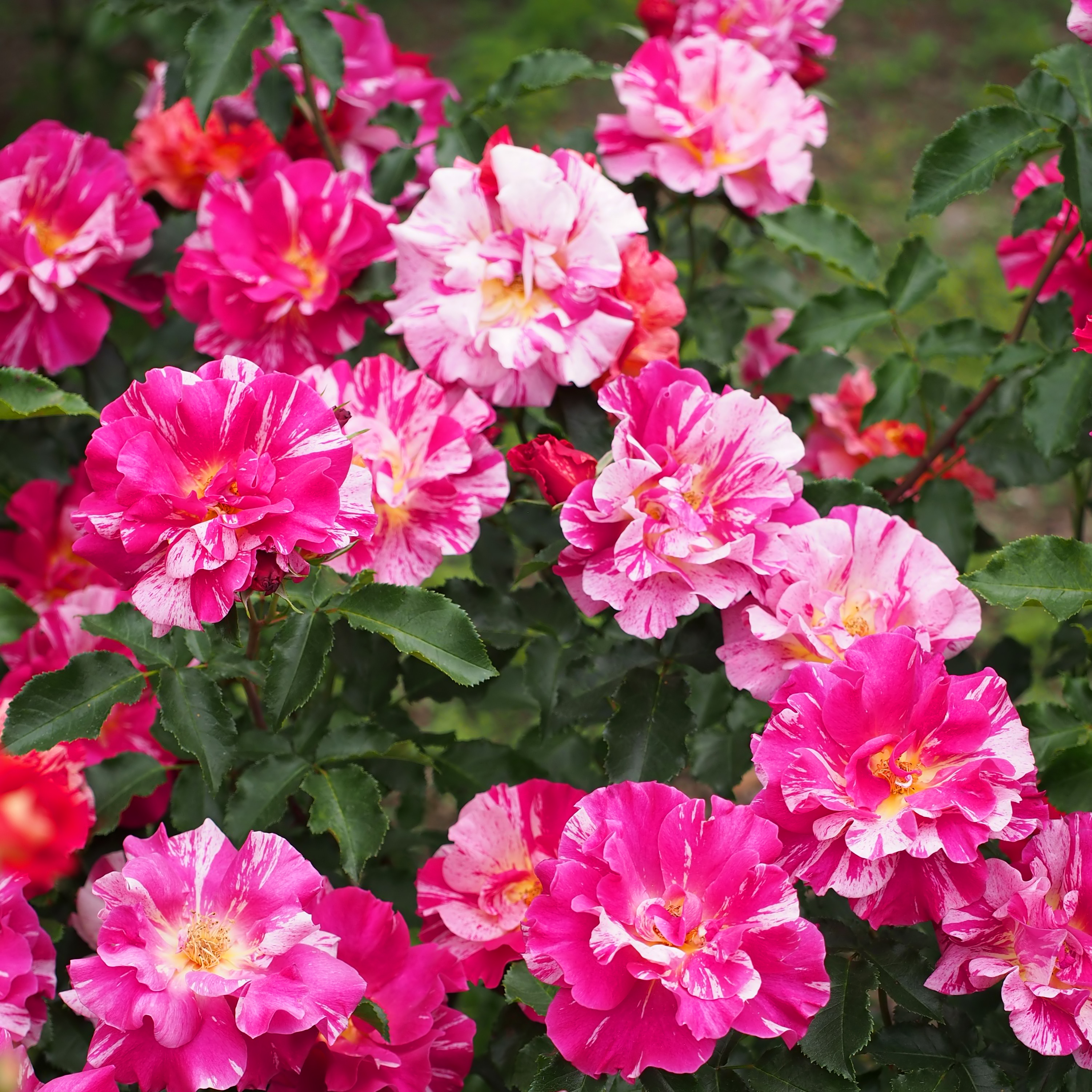
‘Edgar Degas’, Delbard 1994
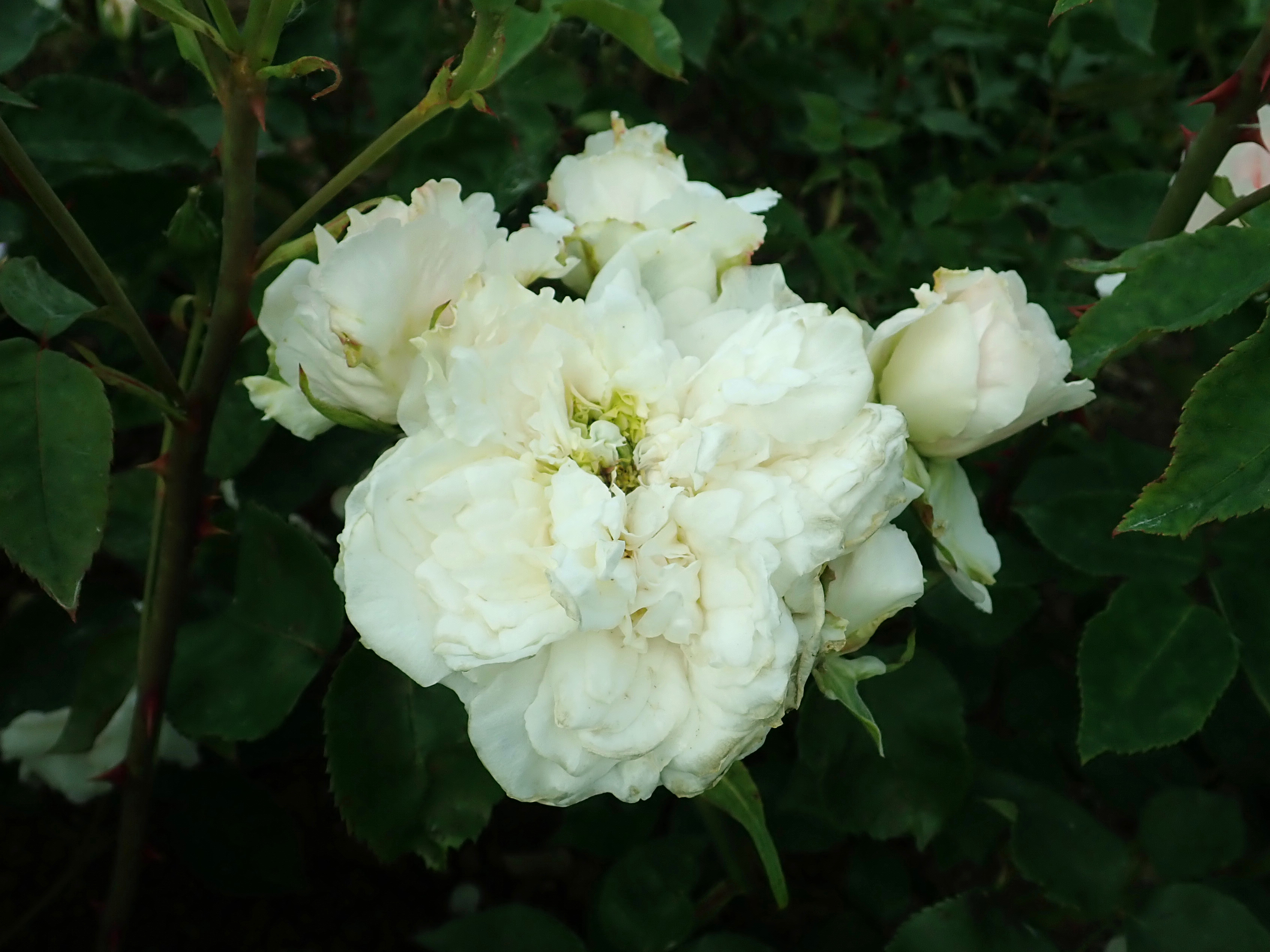
‘Edith de Murat’, Claude Ducher, 1858
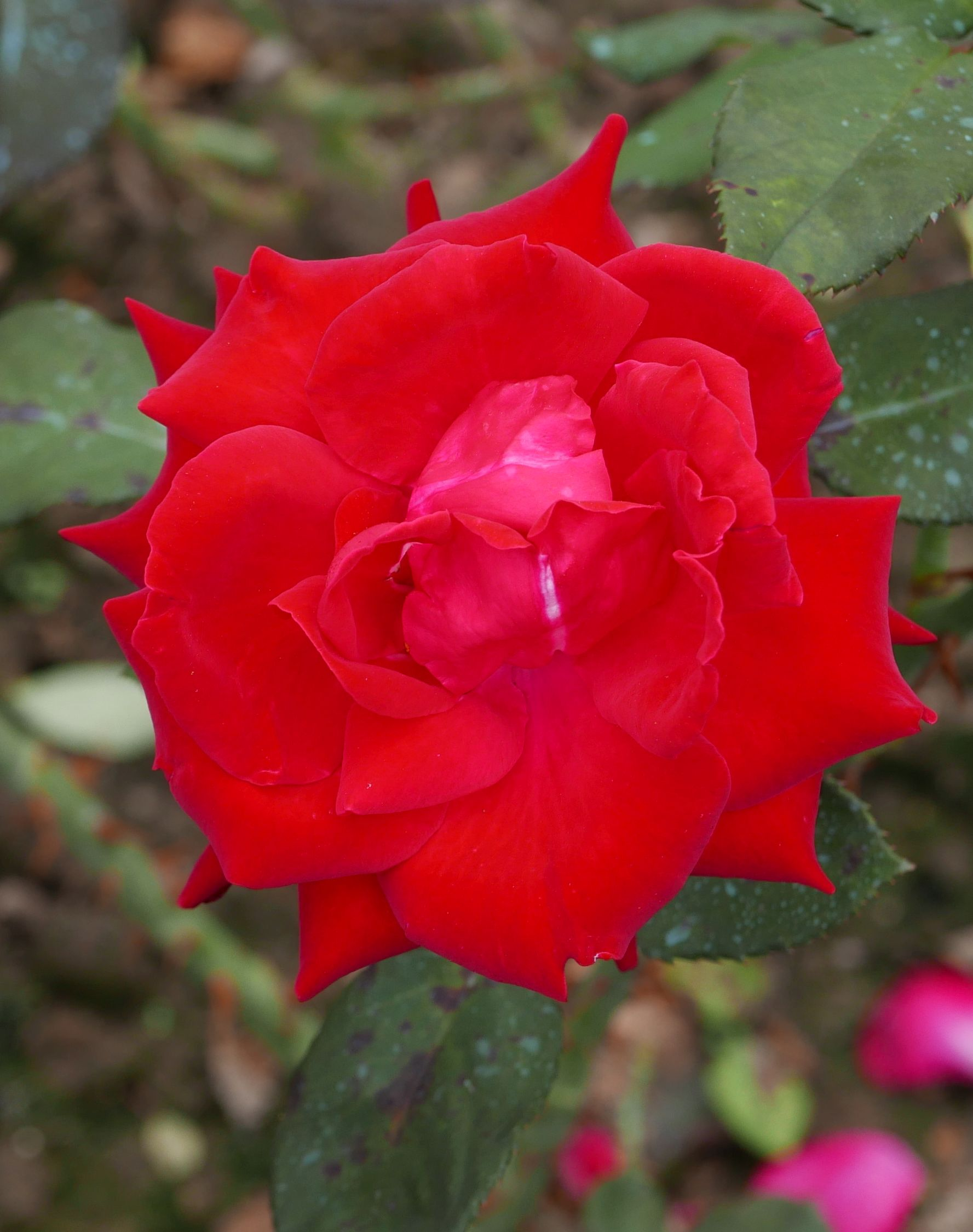
‘Effekt’, Anni Berger, 1975
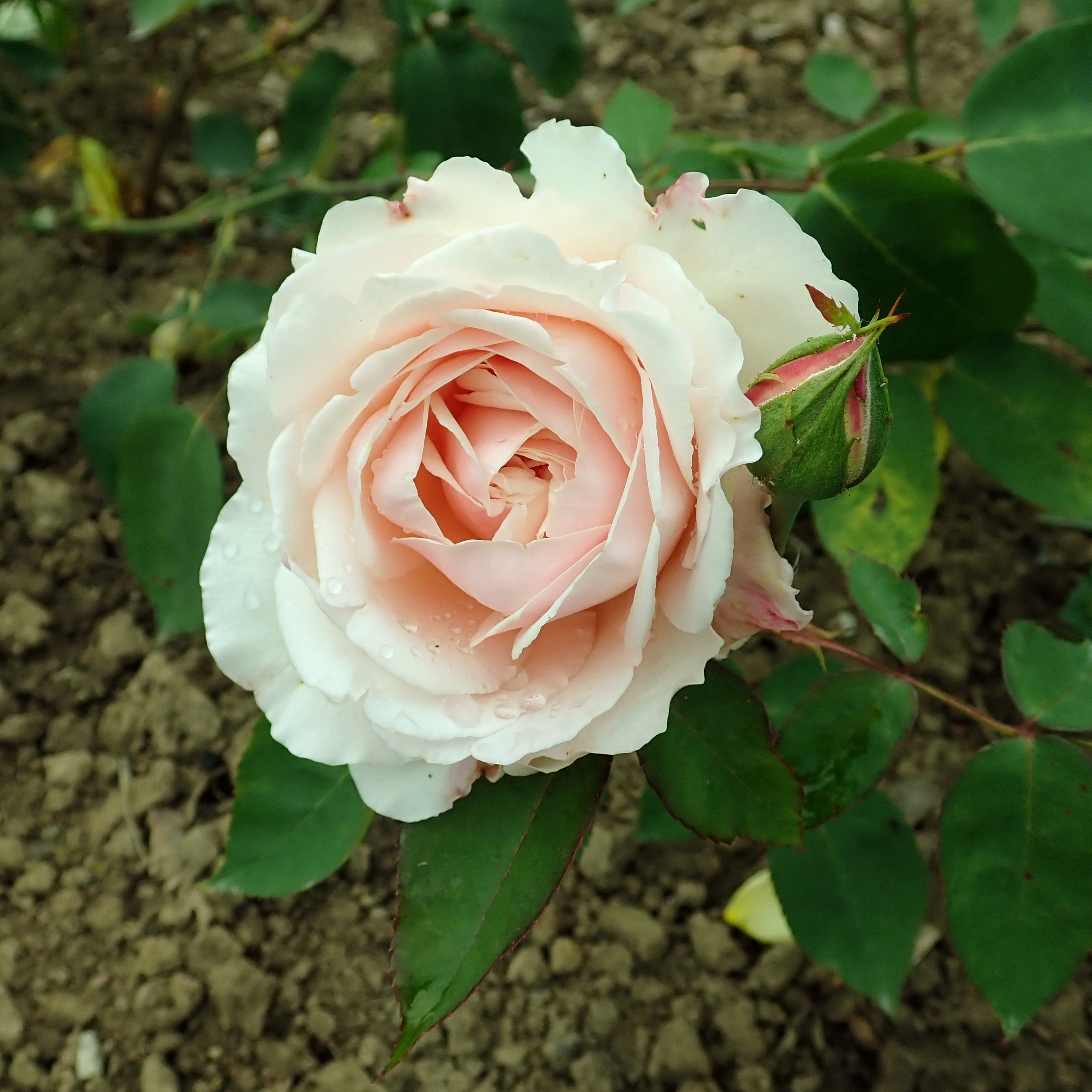
‘Egeria’, Joseph Schwartz, 1878
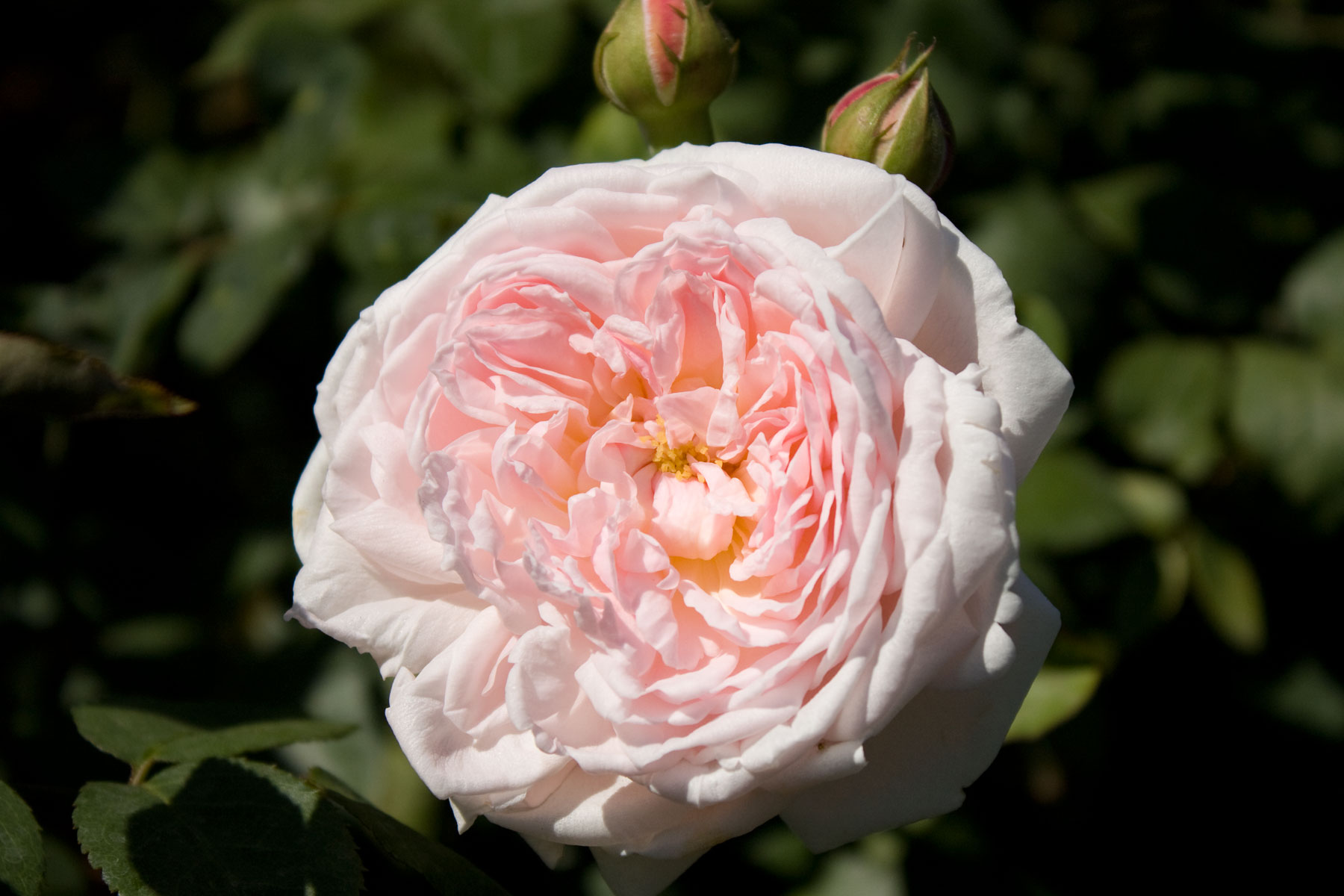
‘Eglantyne’, David Austin, 1994
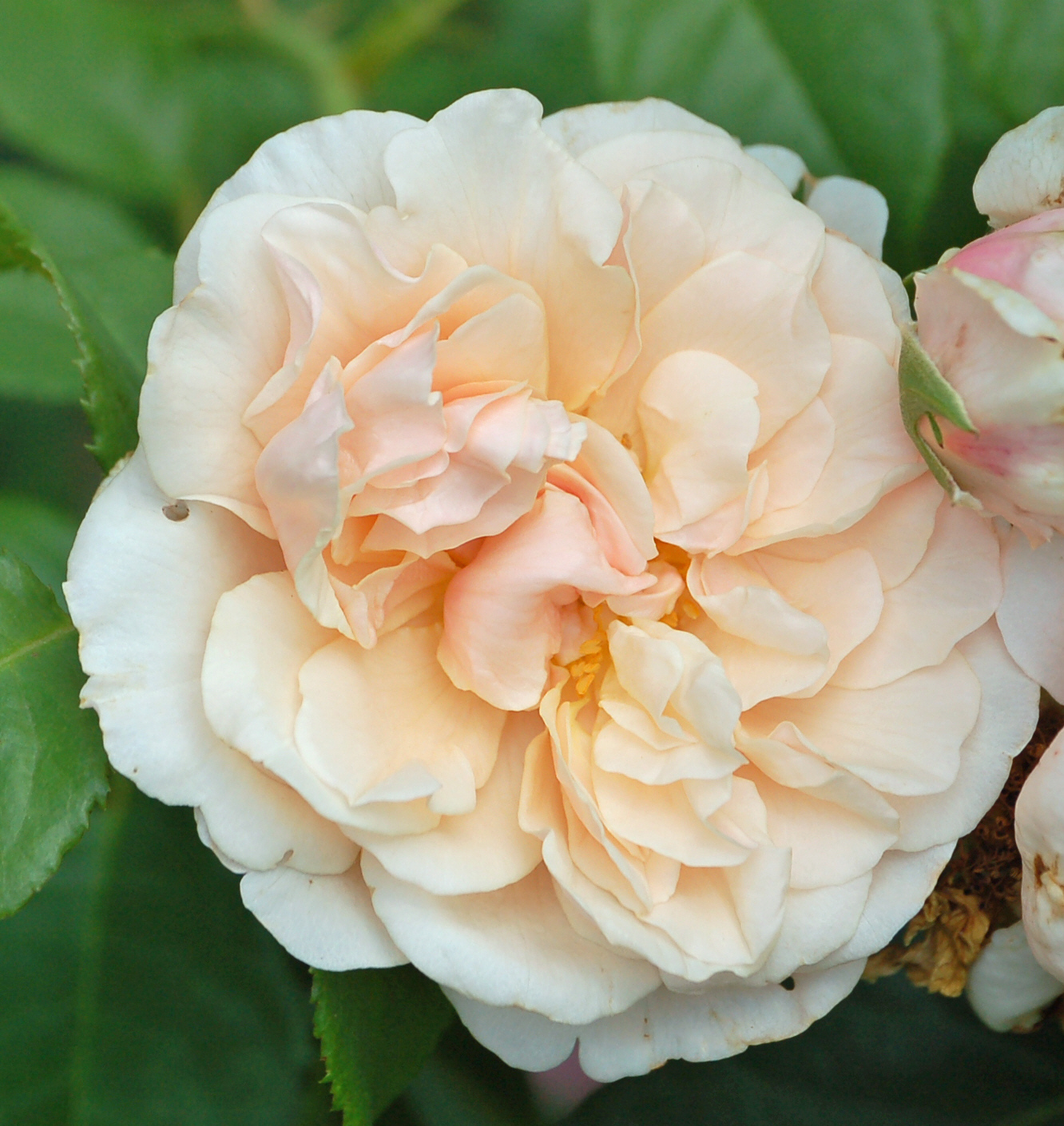
‘Eifelzauber’, Kordes, 2008
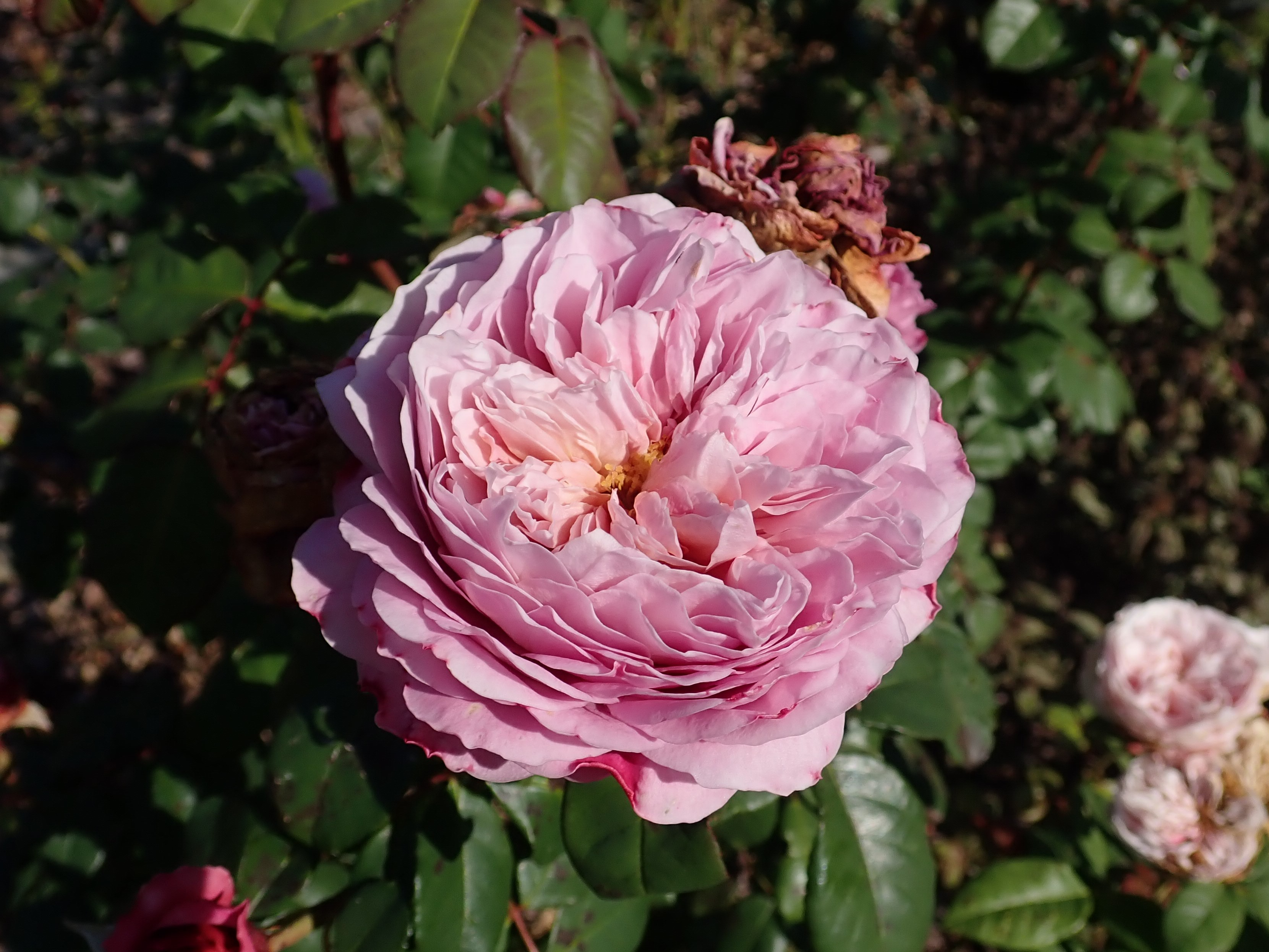
‘Eisvogel’, Tantau, 2016
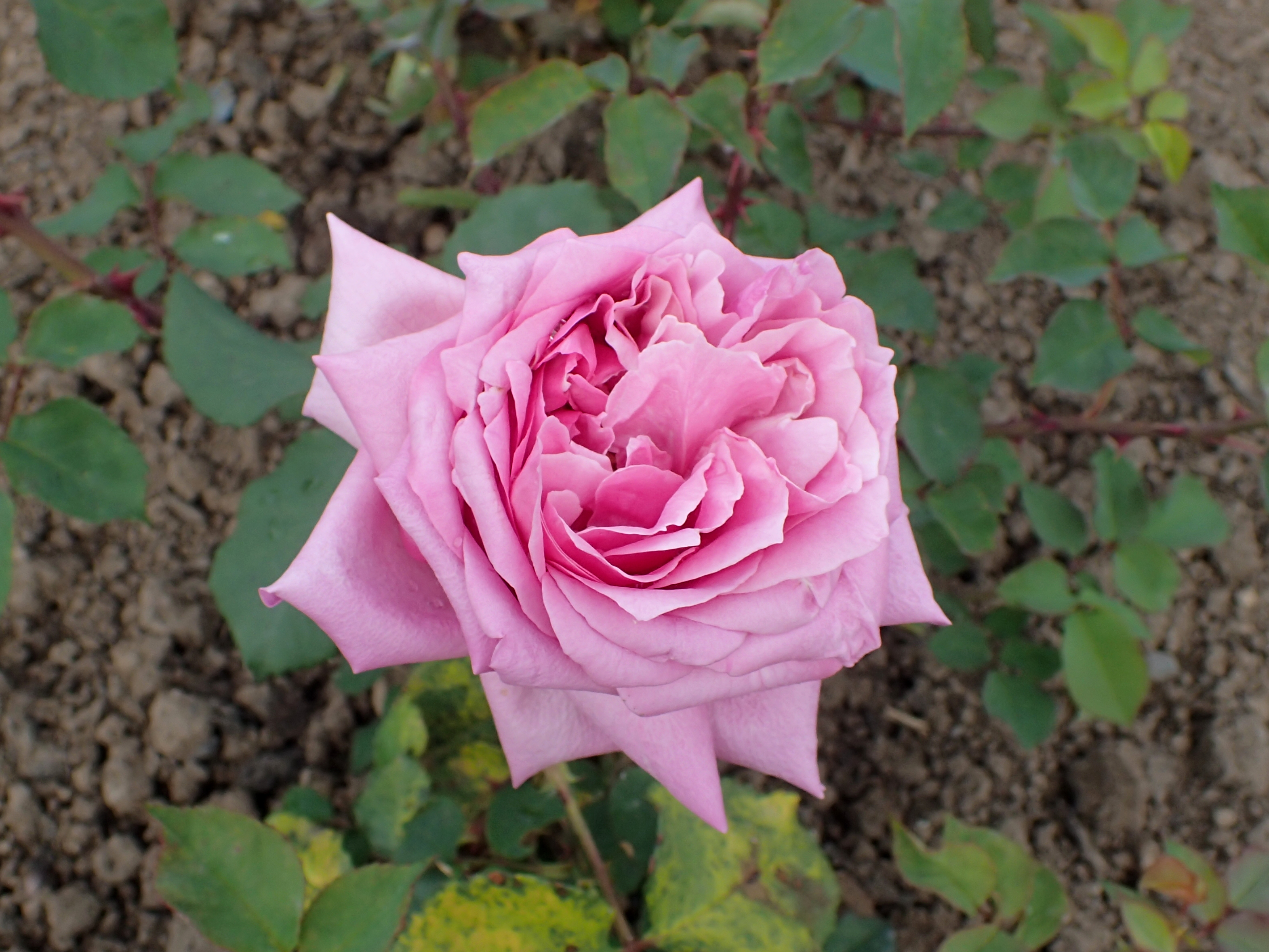
‘E. J. Ludding’, Gerald Adriaan Van Rossem, 1931
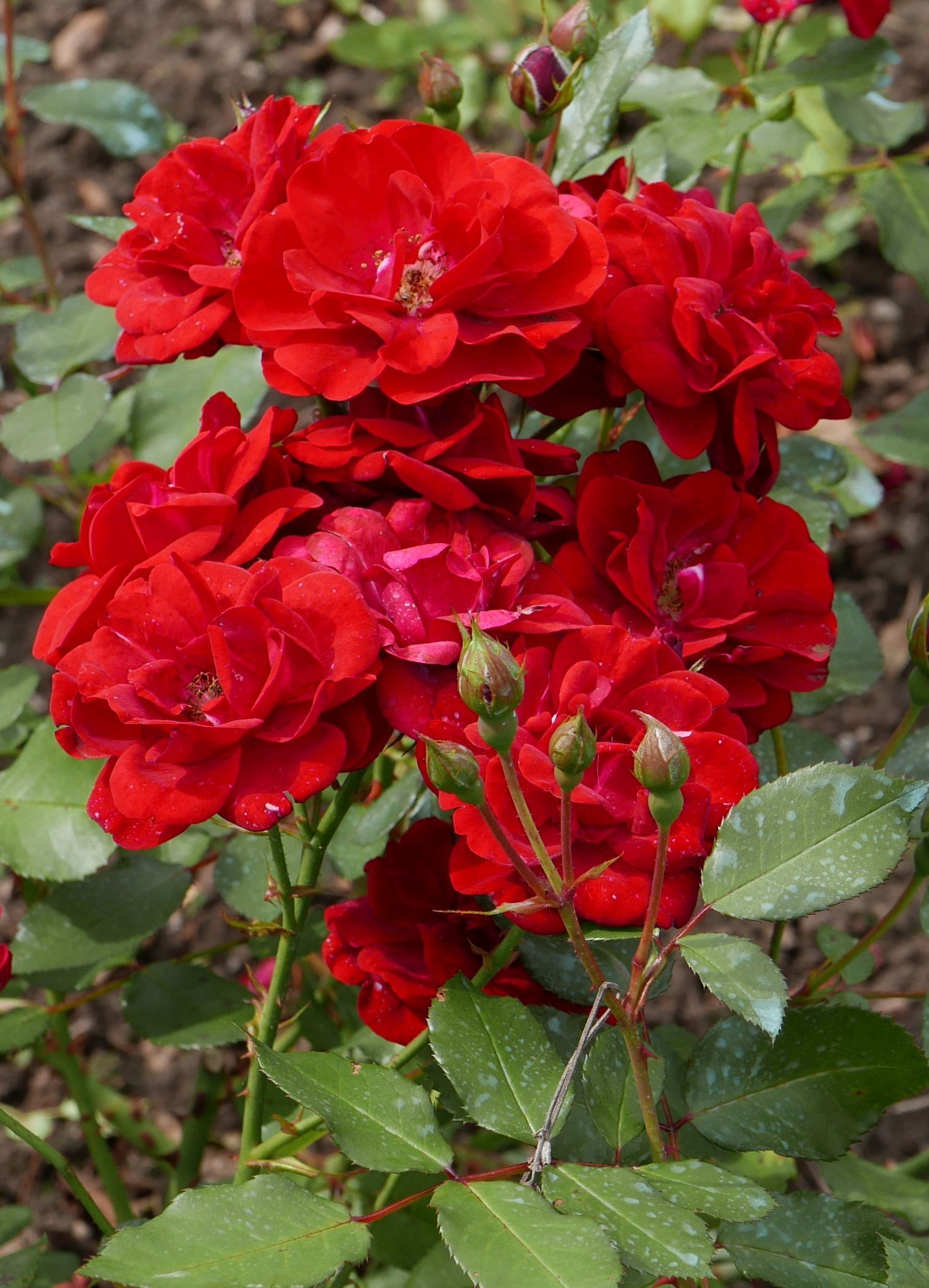
‘Elbeglut, Schmadlak, 1978
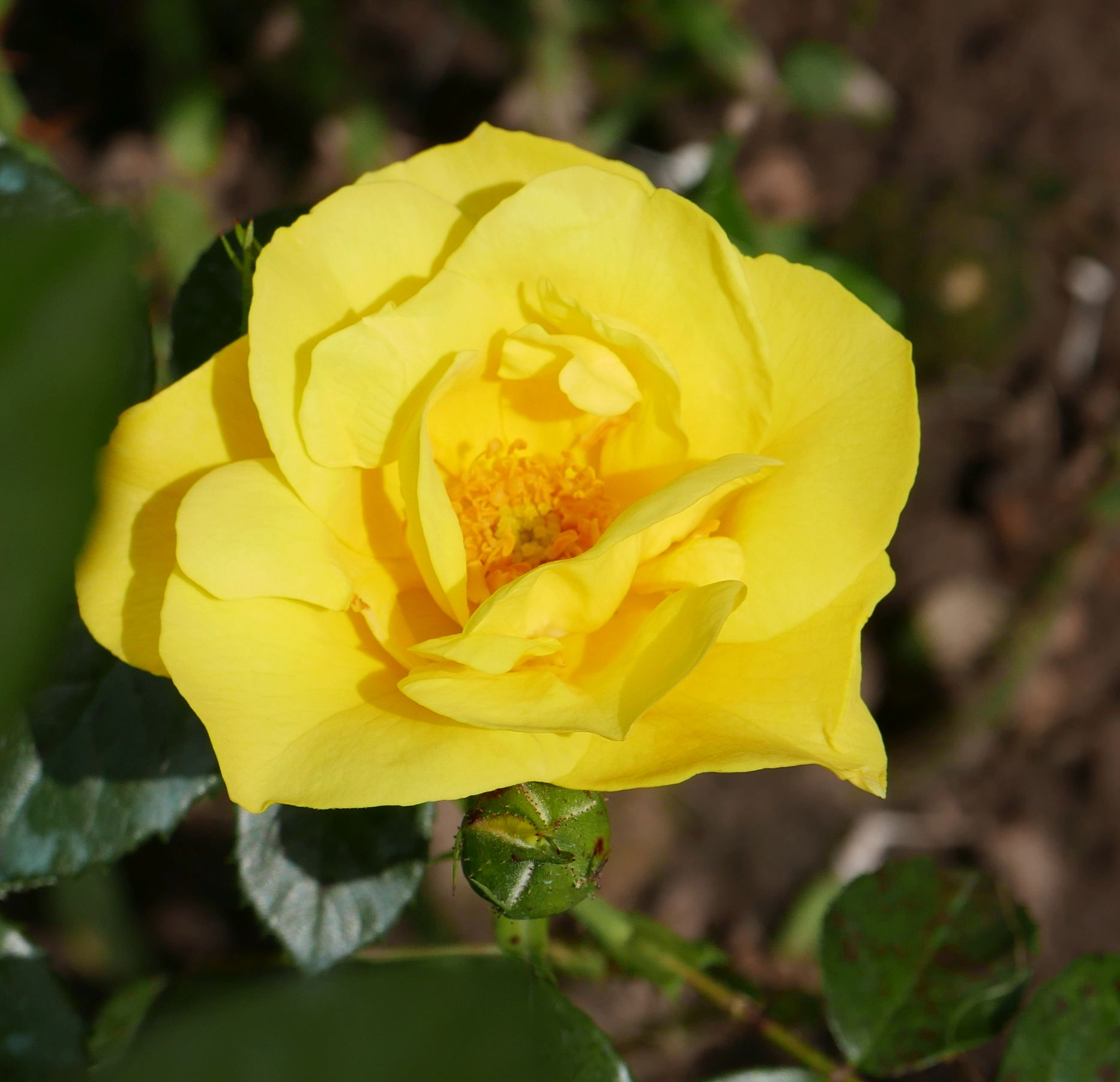
‘Elbegold, Smadlak, 1973
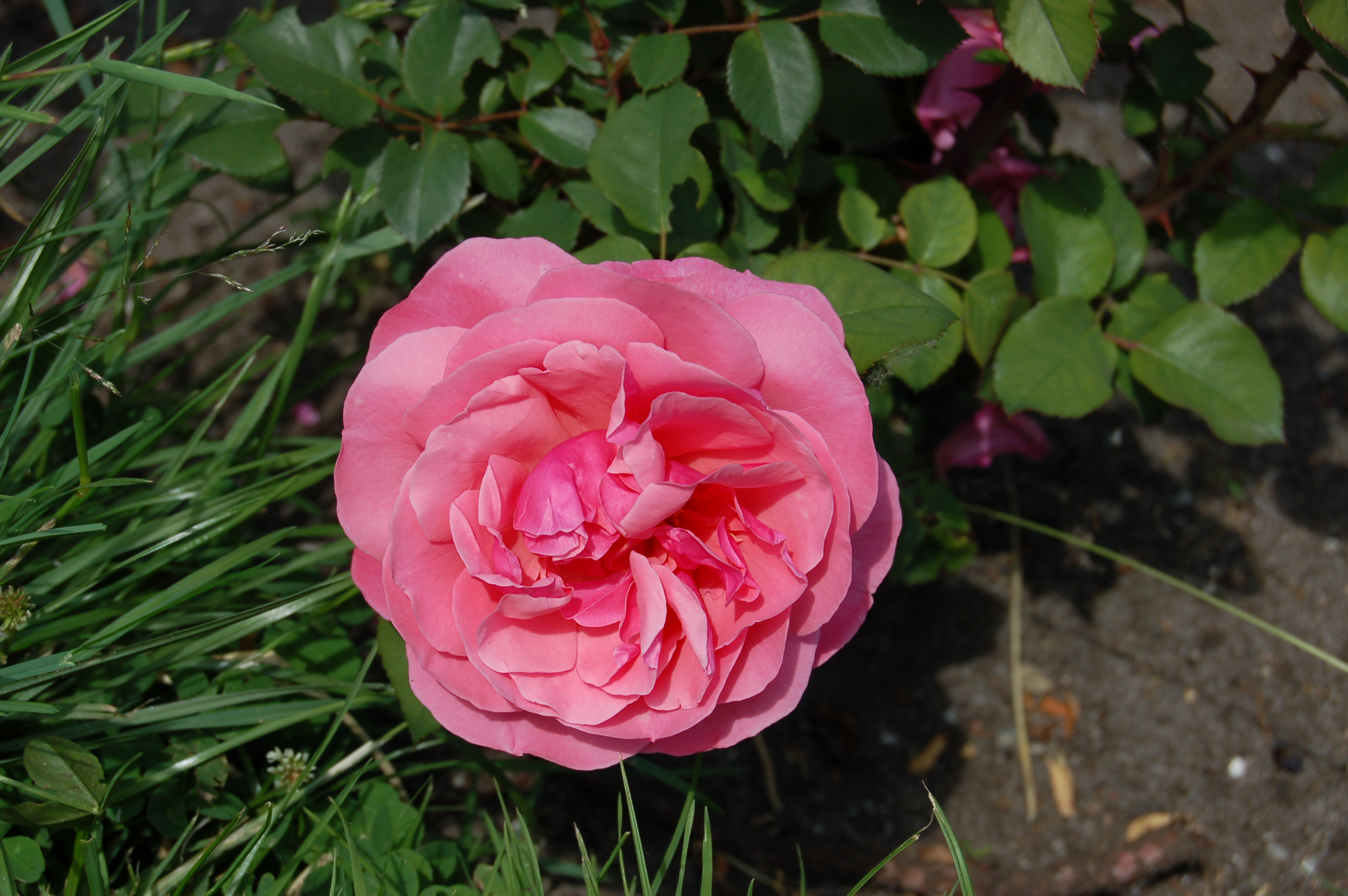
‘Elbflorenz’, Meilland, 2007
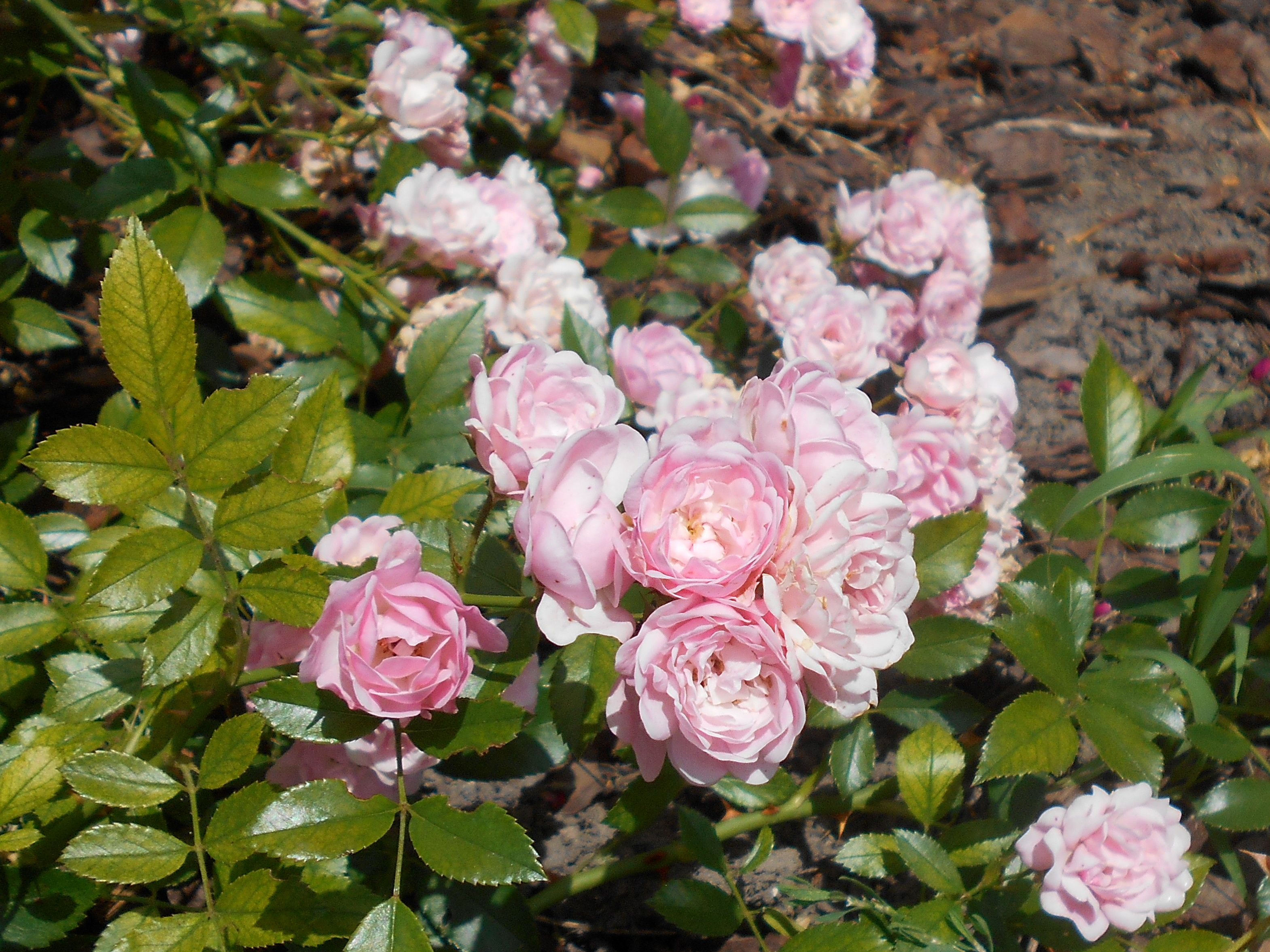
‘Eleanor’, Ralph S. Moore, 1960
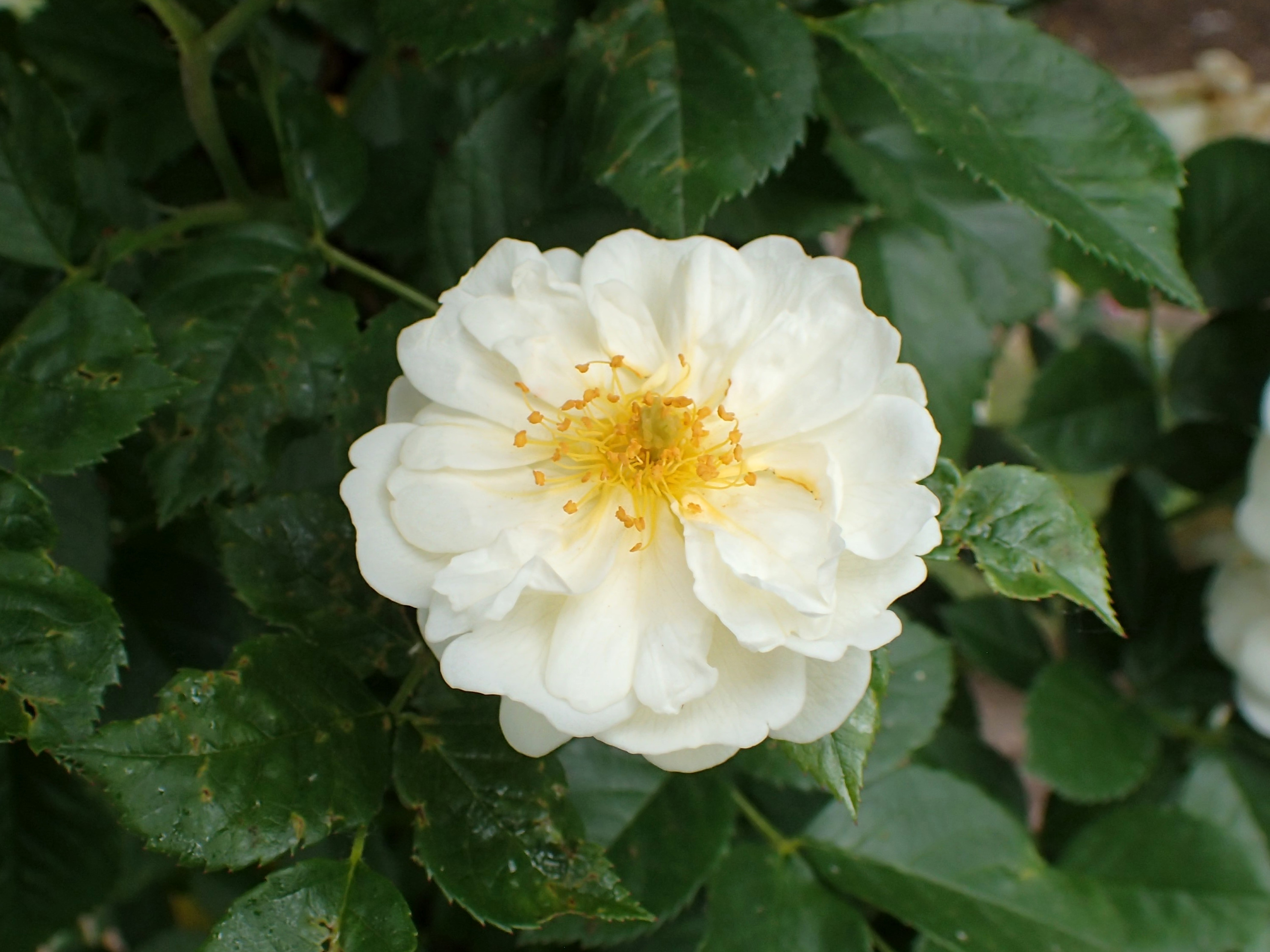
‘Electra’, James Herbert Veitch, 1900
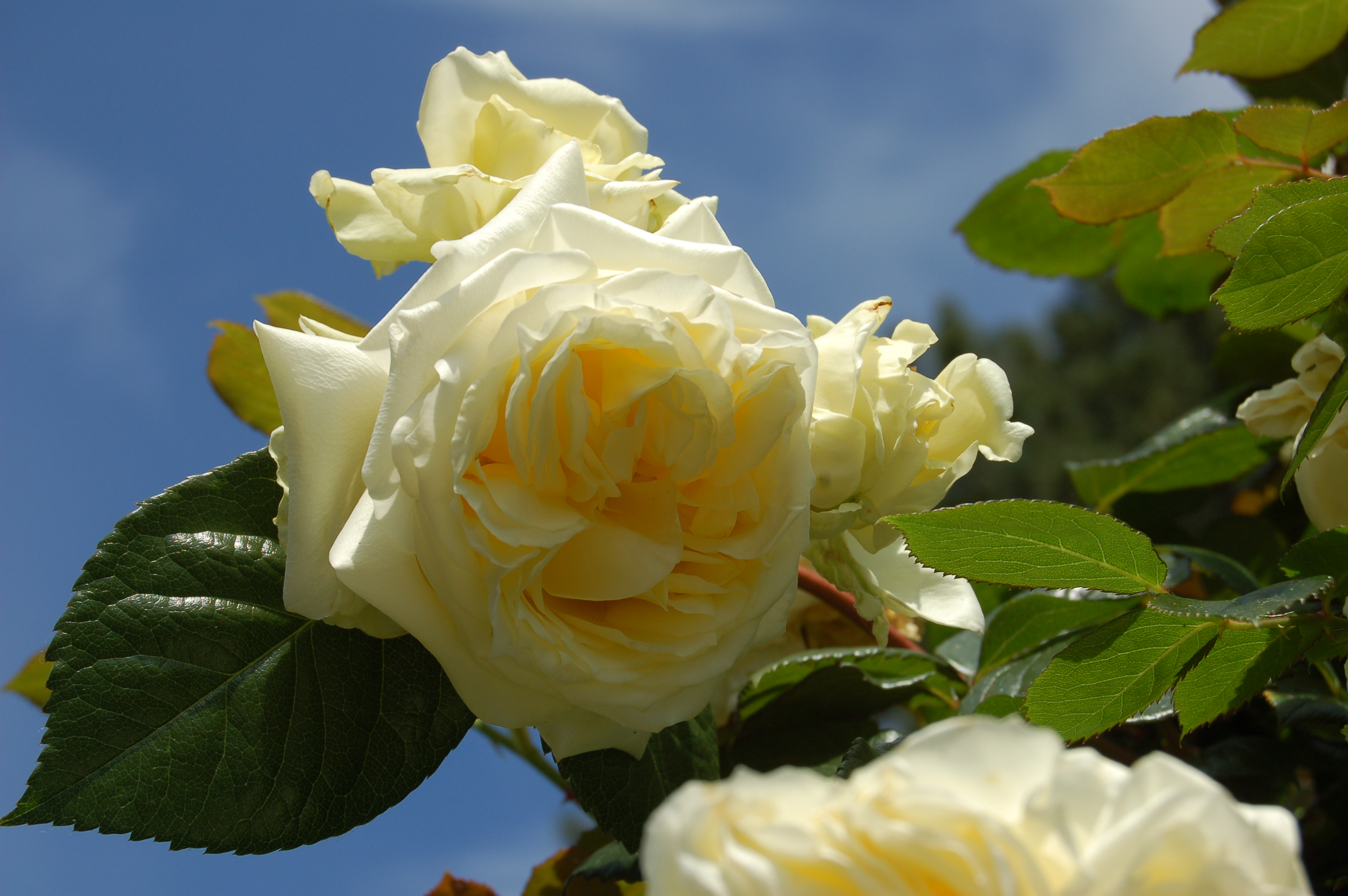
‘Elfe’, Tantau, 2000
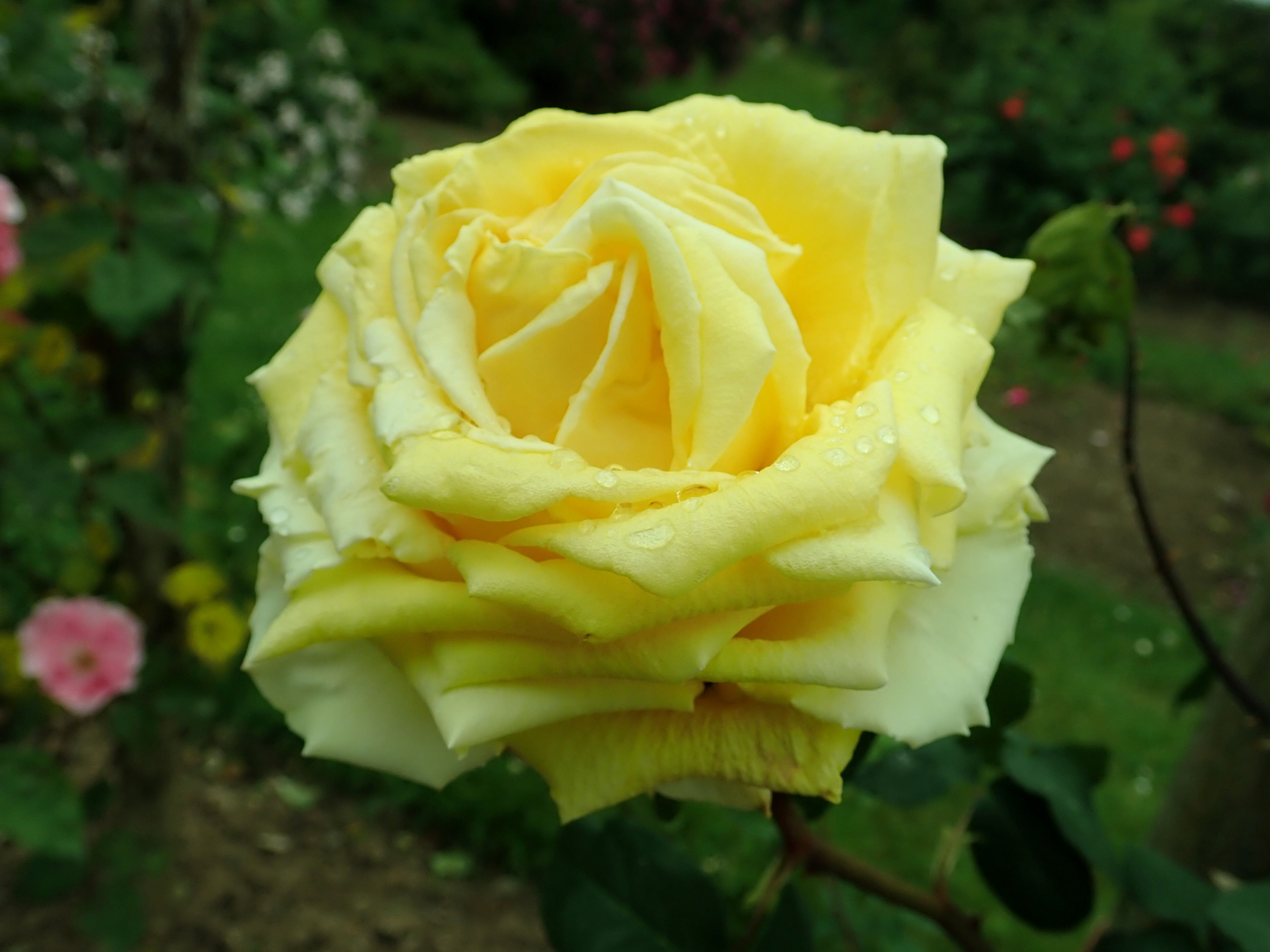
‘Elfenreigen’, Max Krause, 1939
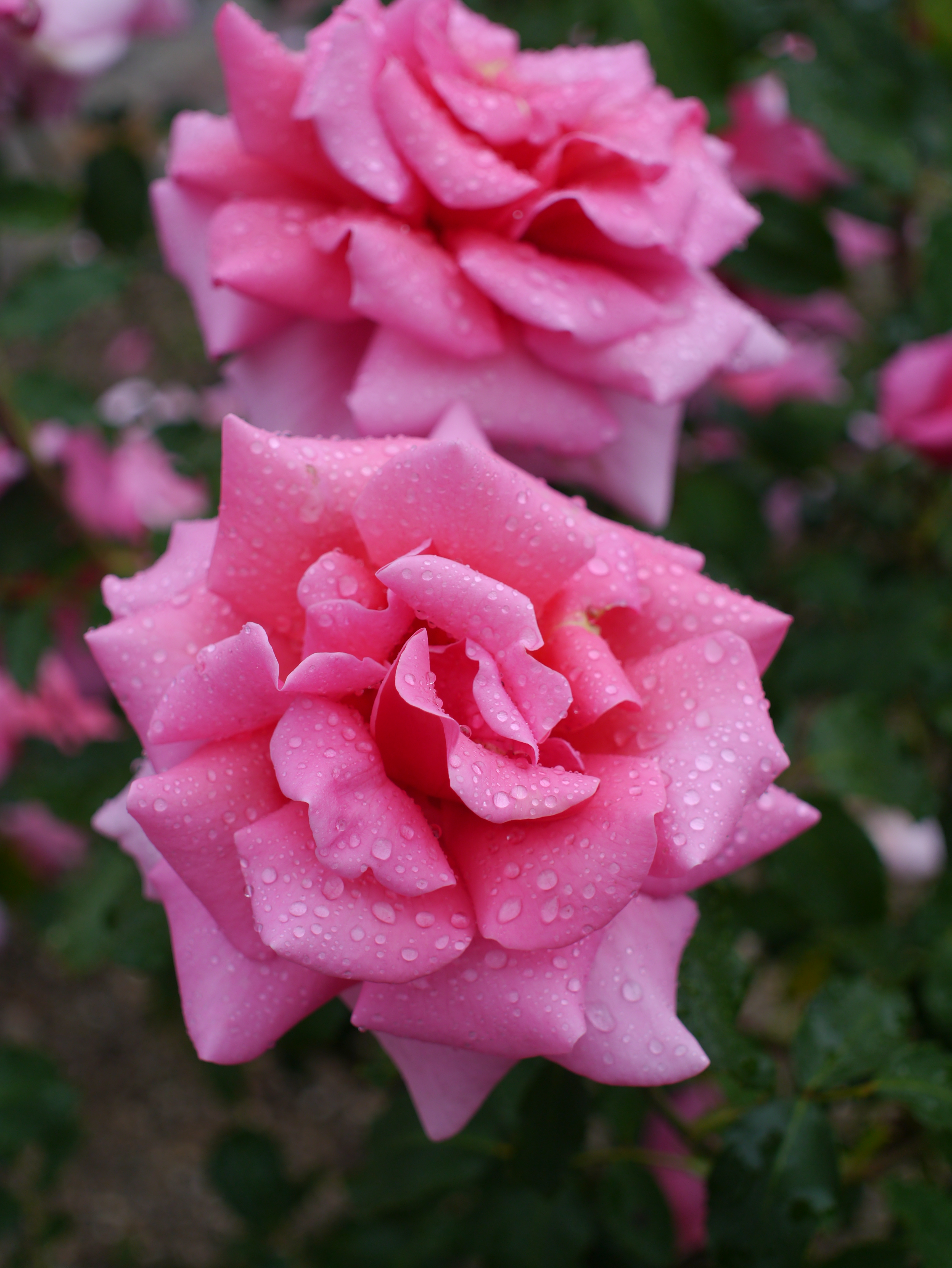
‘Eliane’, Gaujard, 1954
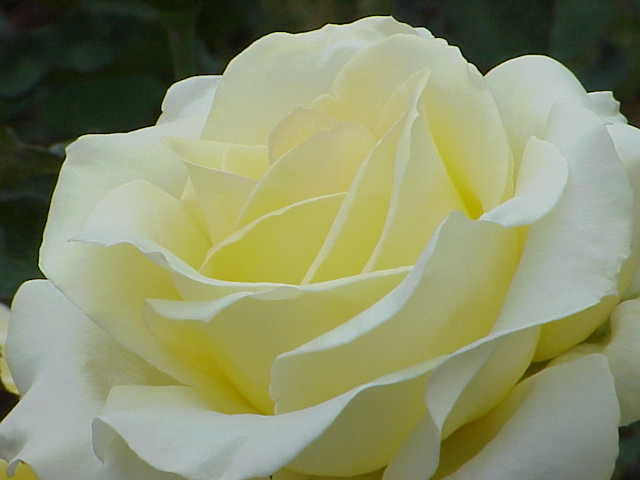
‘Elina’, Dickson 1984
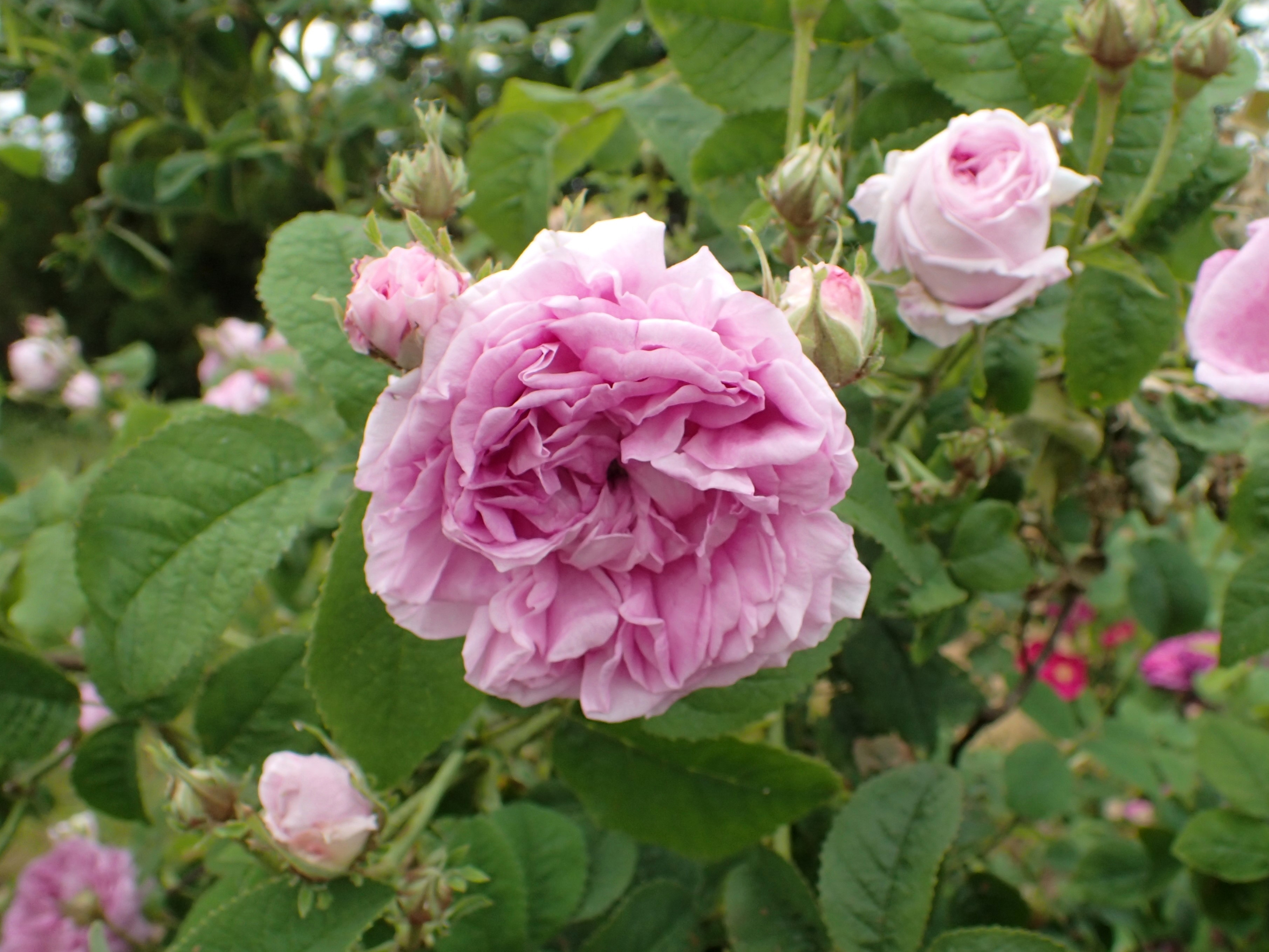
‘Elise Rovella’, ?, 1842
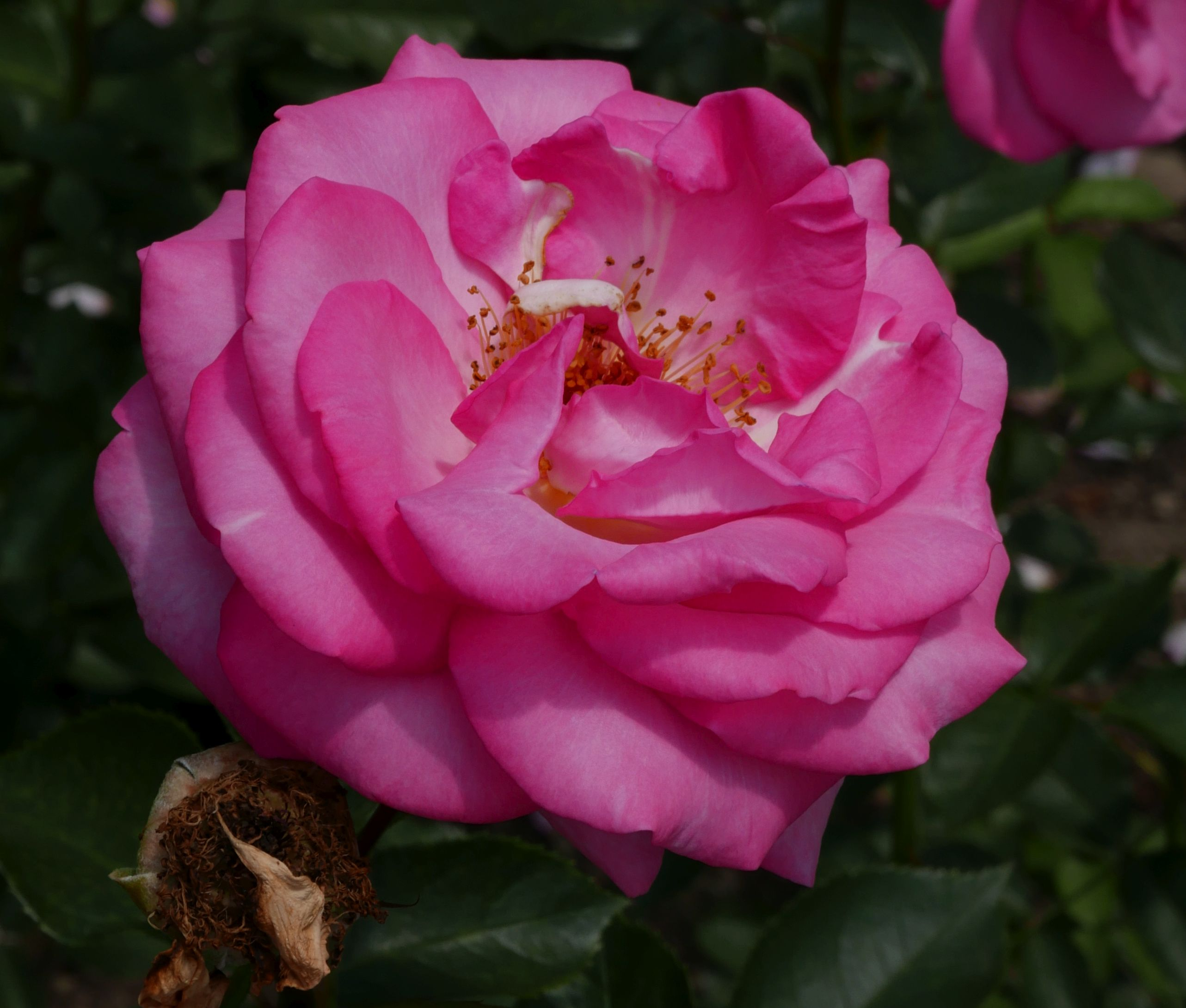
‘Eliza’, Kordes, 2004
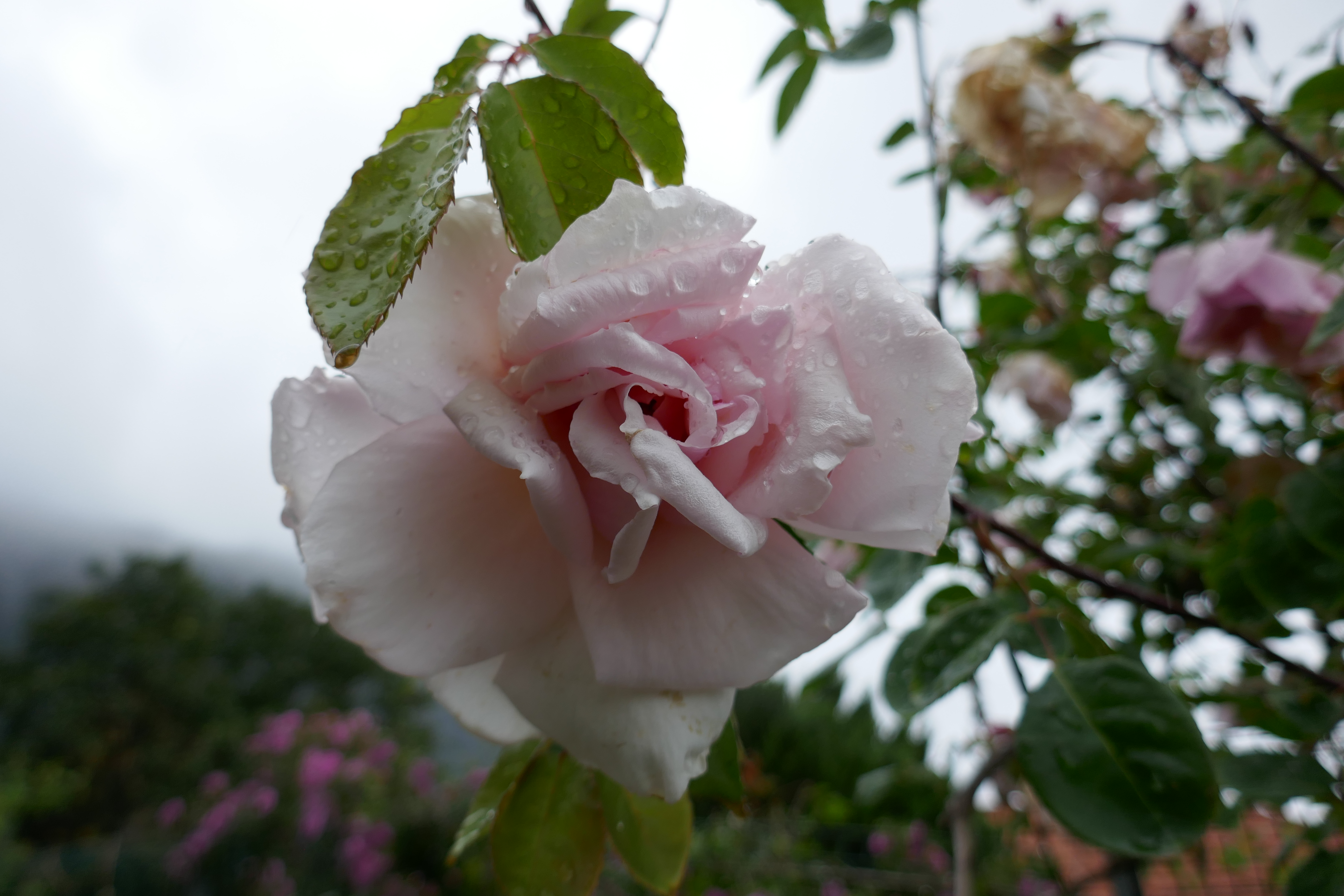
‘Elizabeth Harkness’, Harkness, 1969
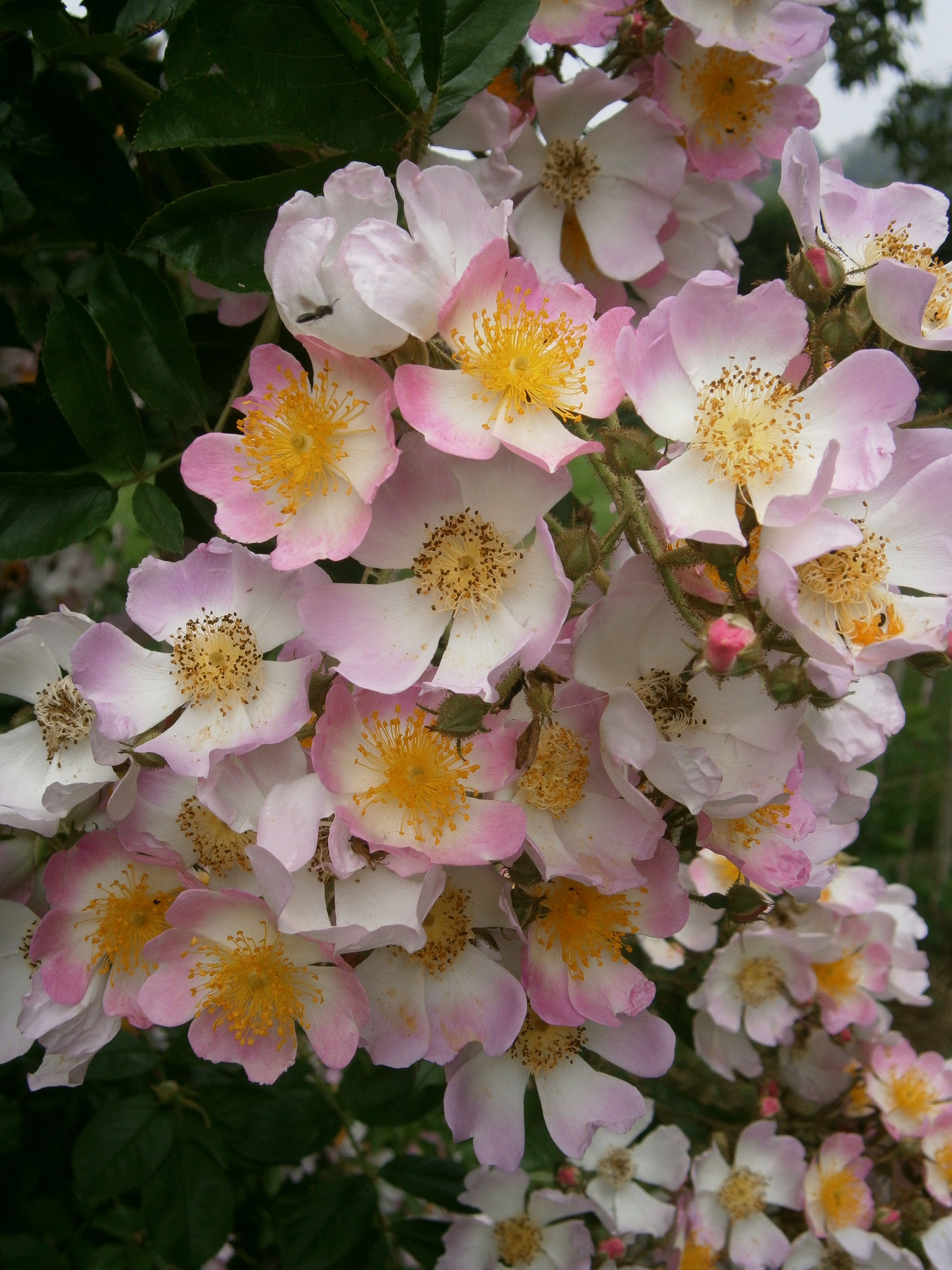
‘Ella Elisabeth’, ?
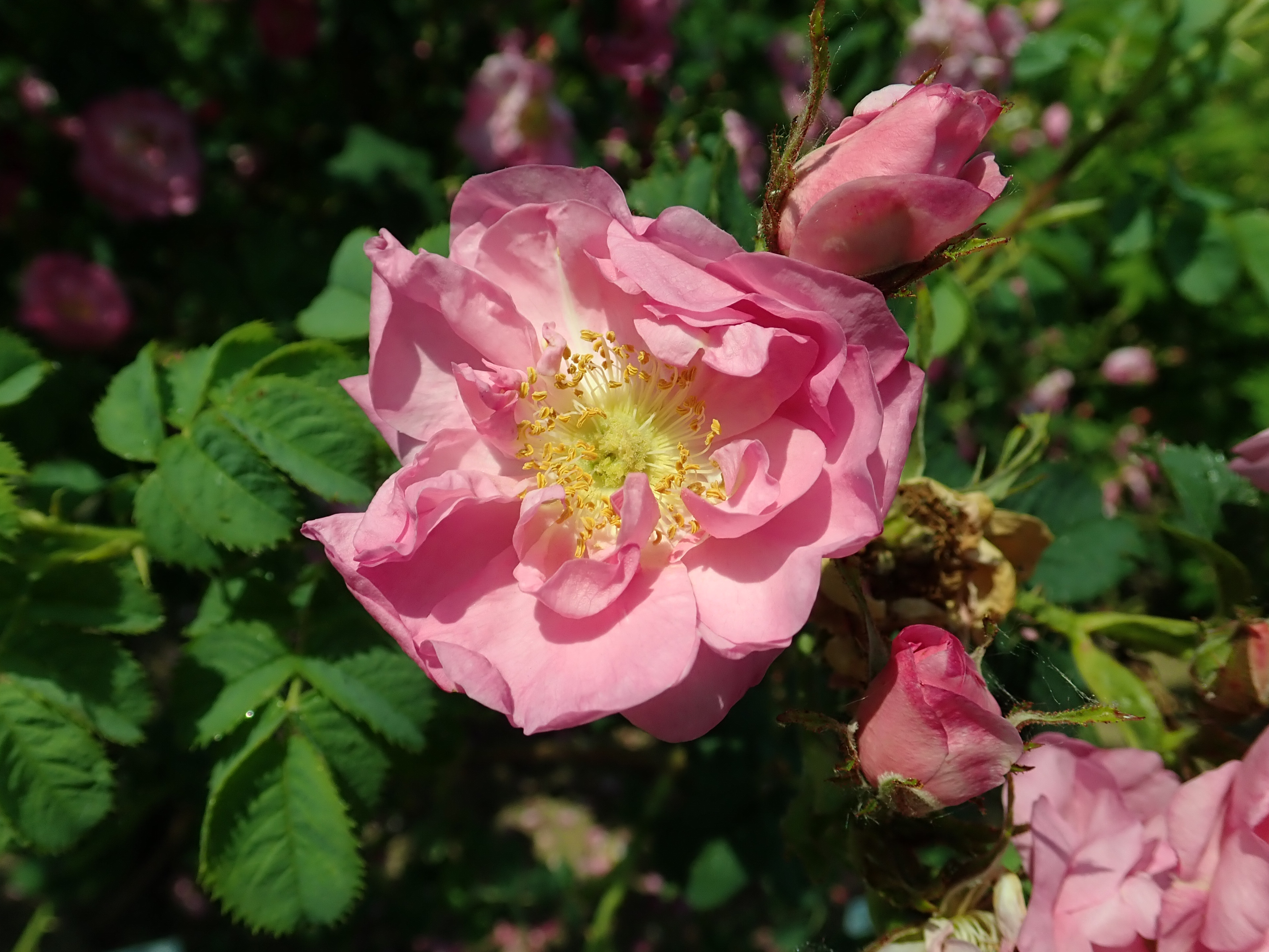
‘Elle’, Lundstad, 1980
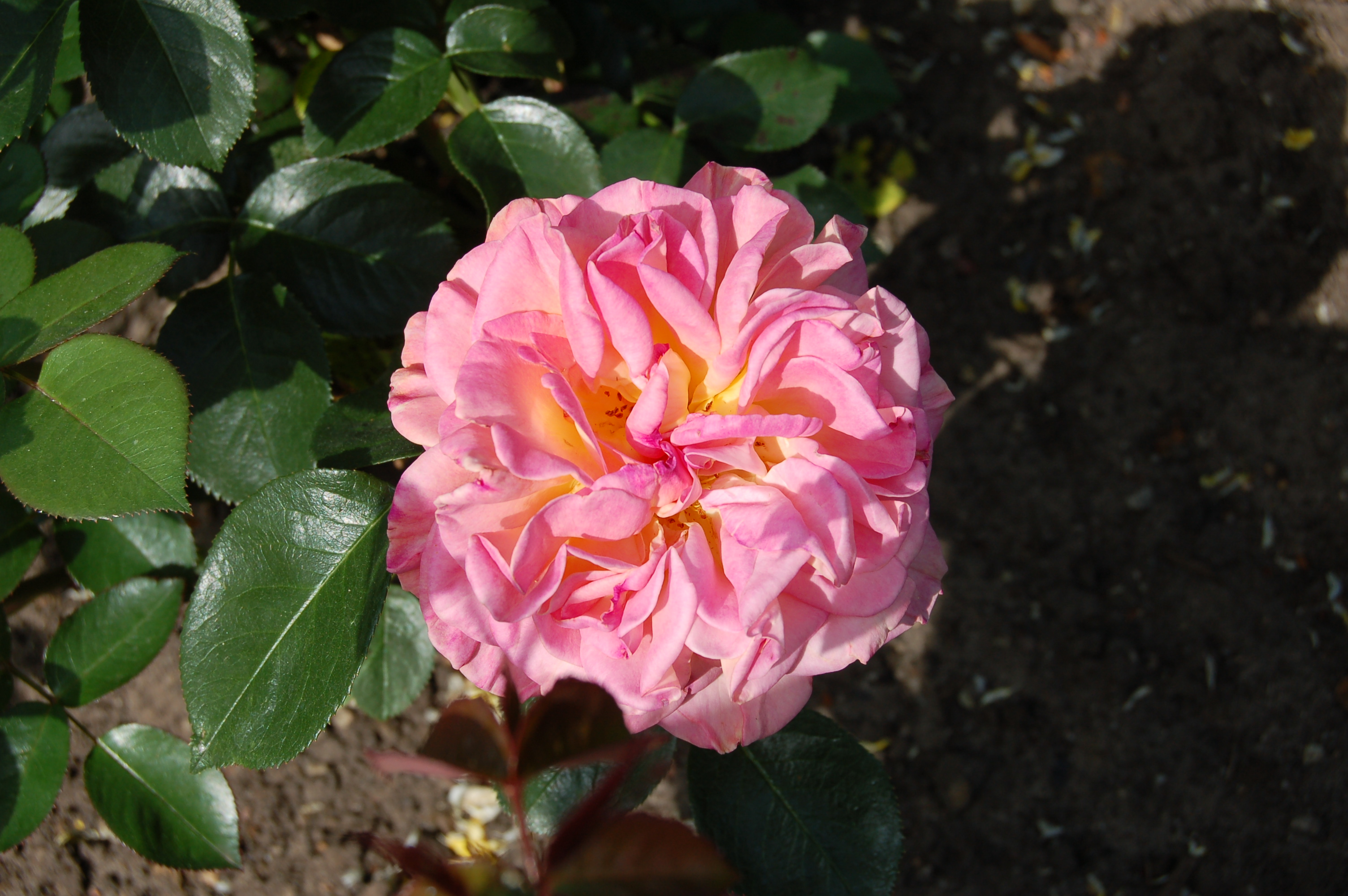
‘Elle’ (1999), Meilland, 1999
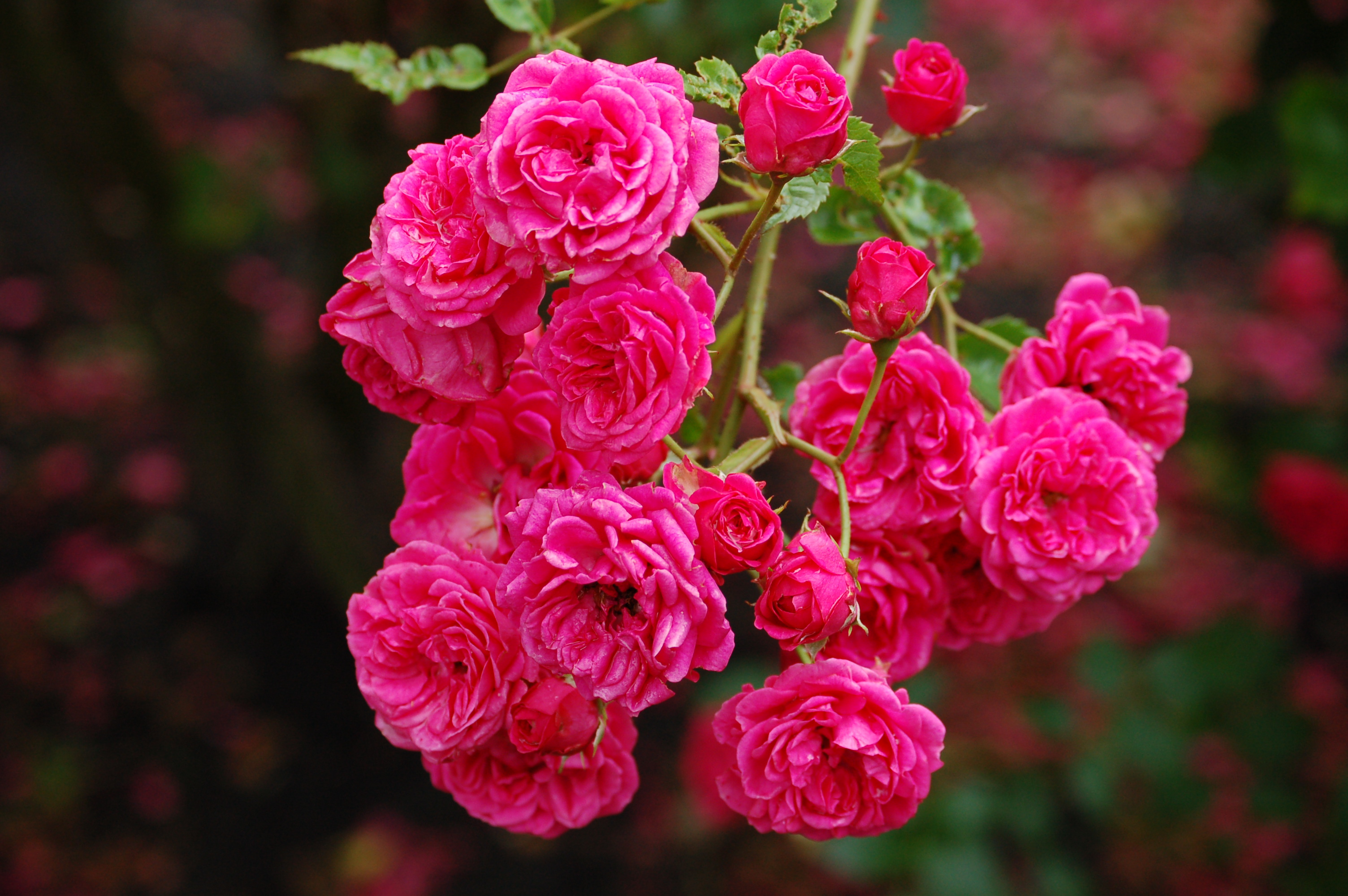
‘Elmshorn’, Kordes, 1951
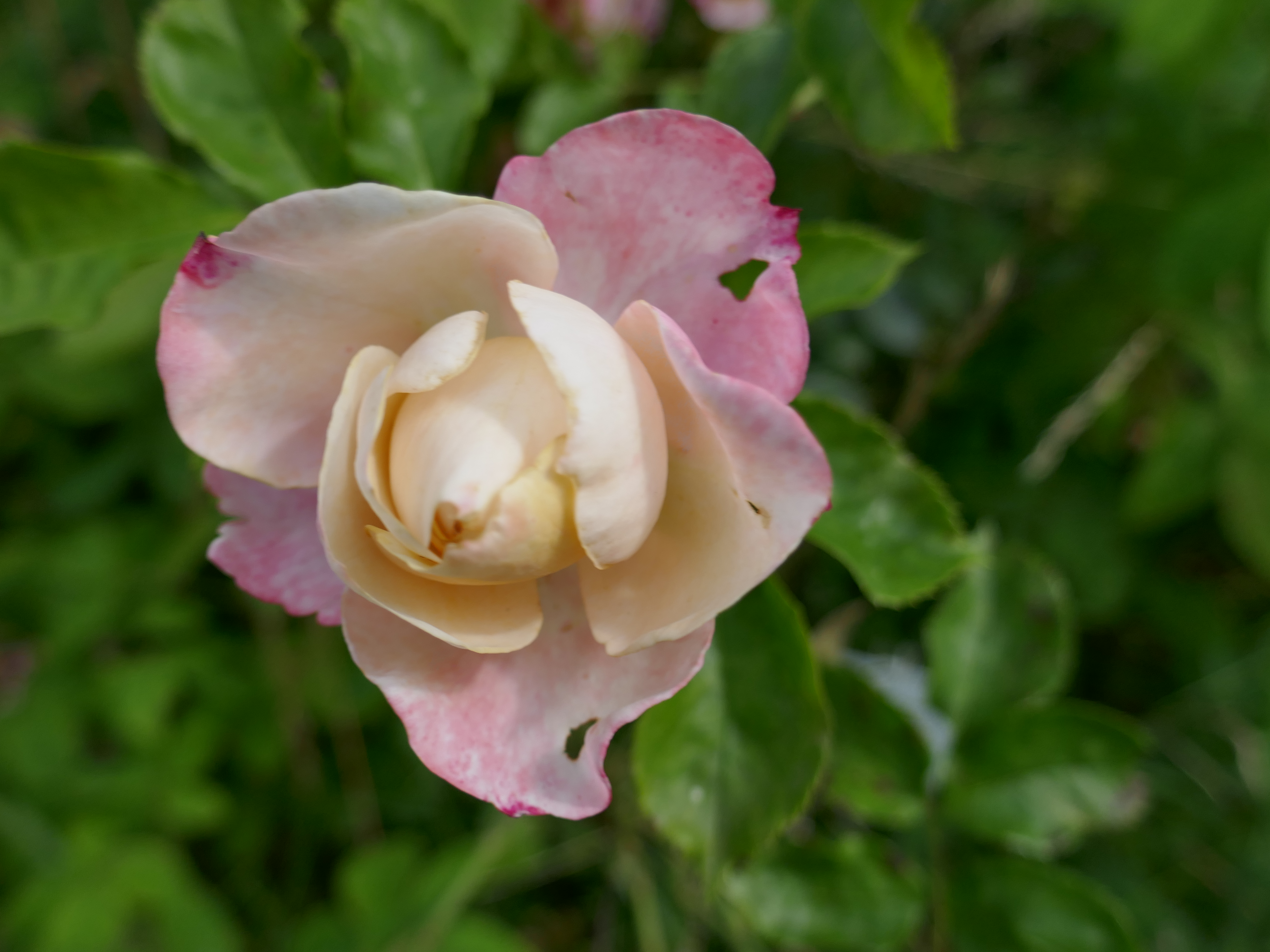
‘Elric von Melniboné’, Weihrauch, 1983
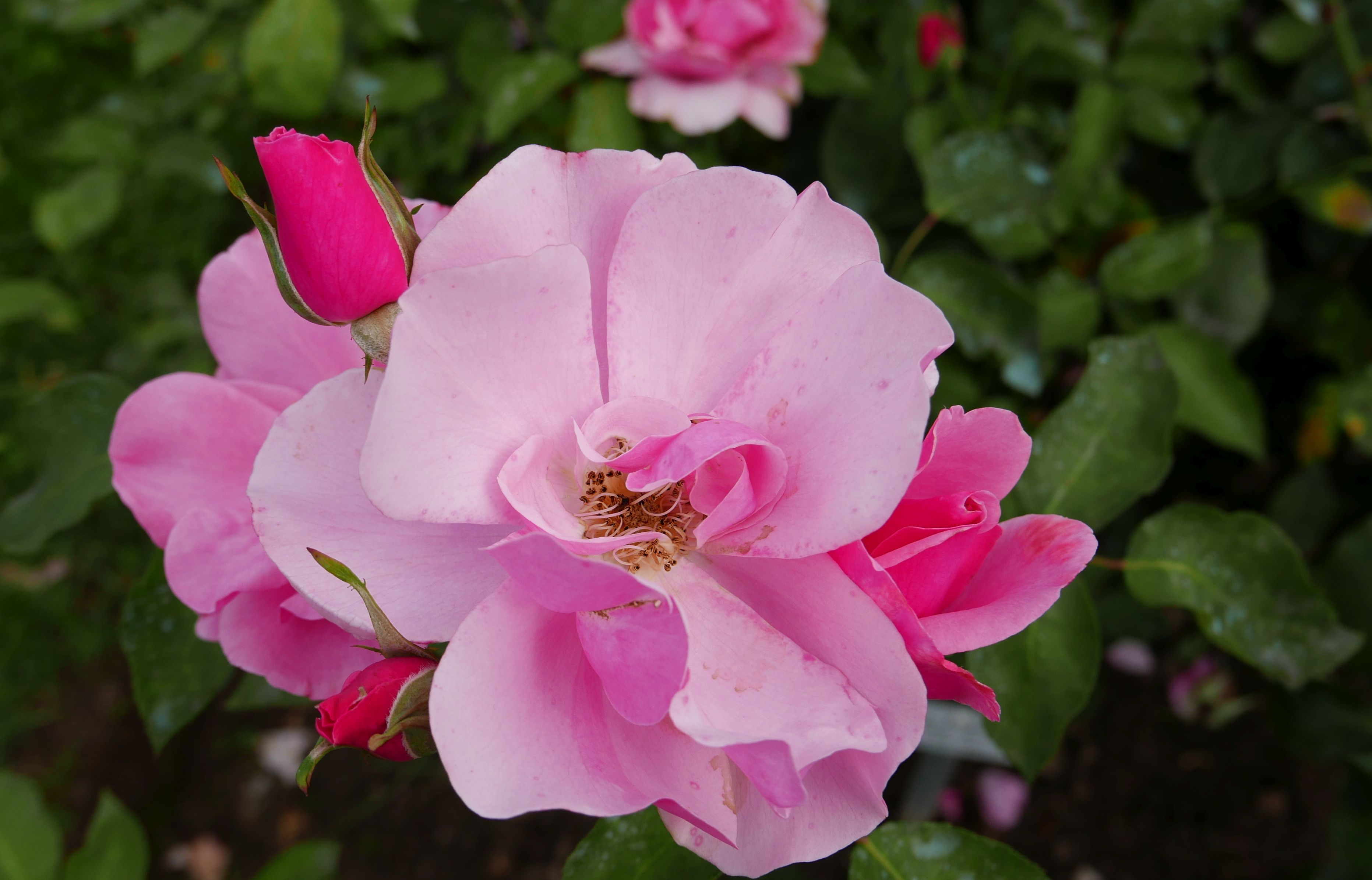
‘Else Poulsen’, Poulsen, 1924
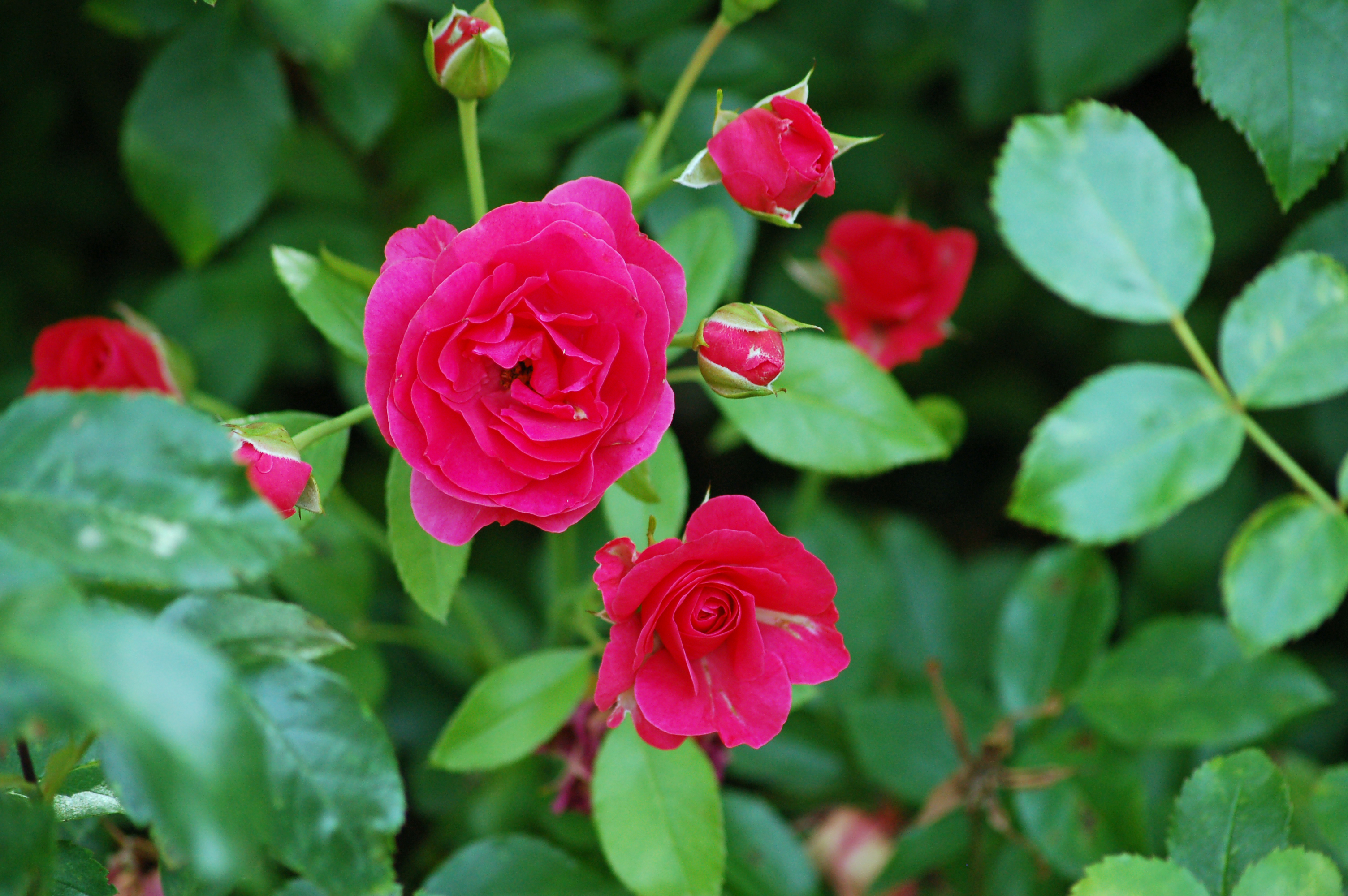
‘Elveshörn’, Kordes, 1985
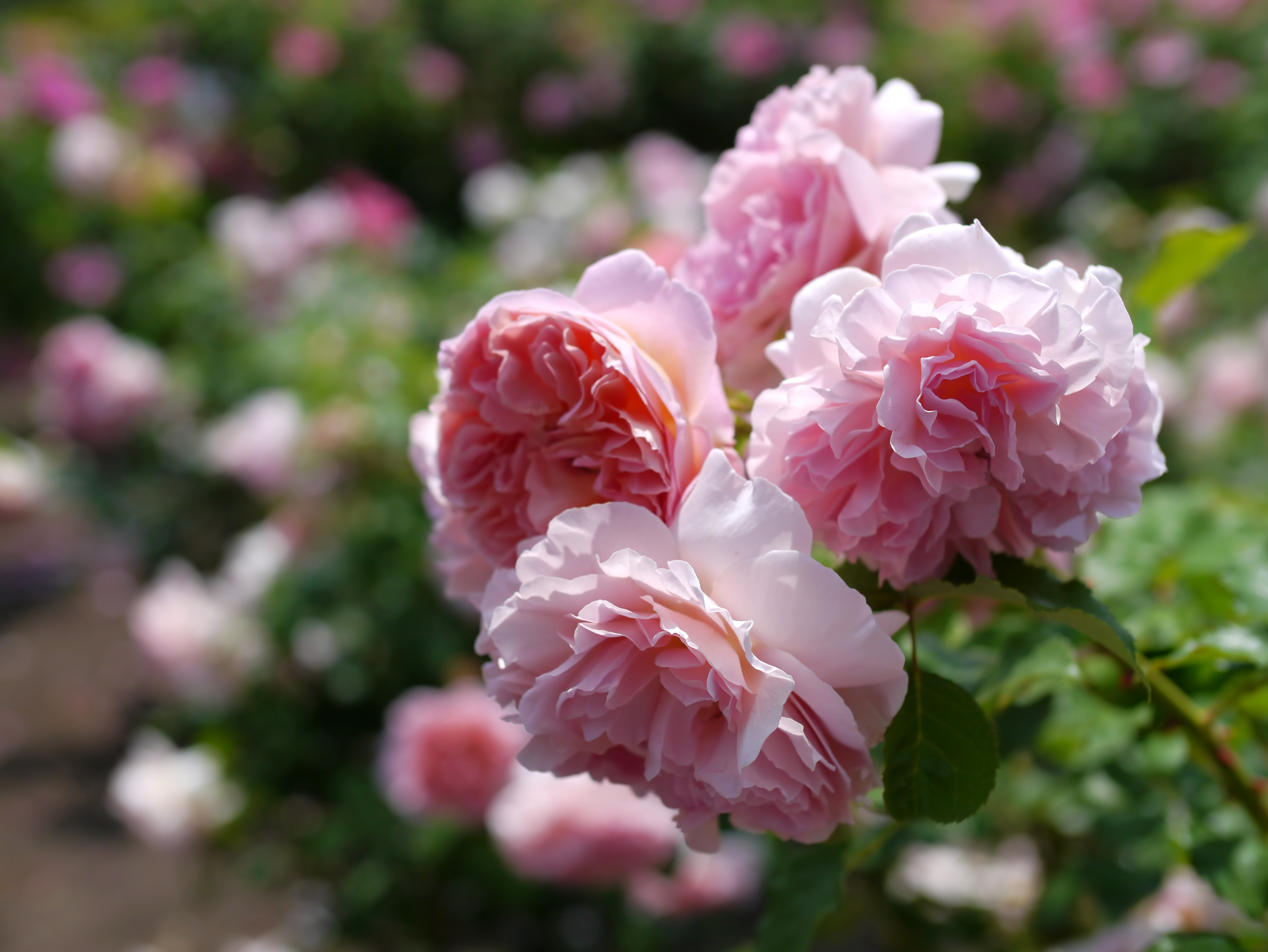
‘Emanuel’, David Austin, 1985
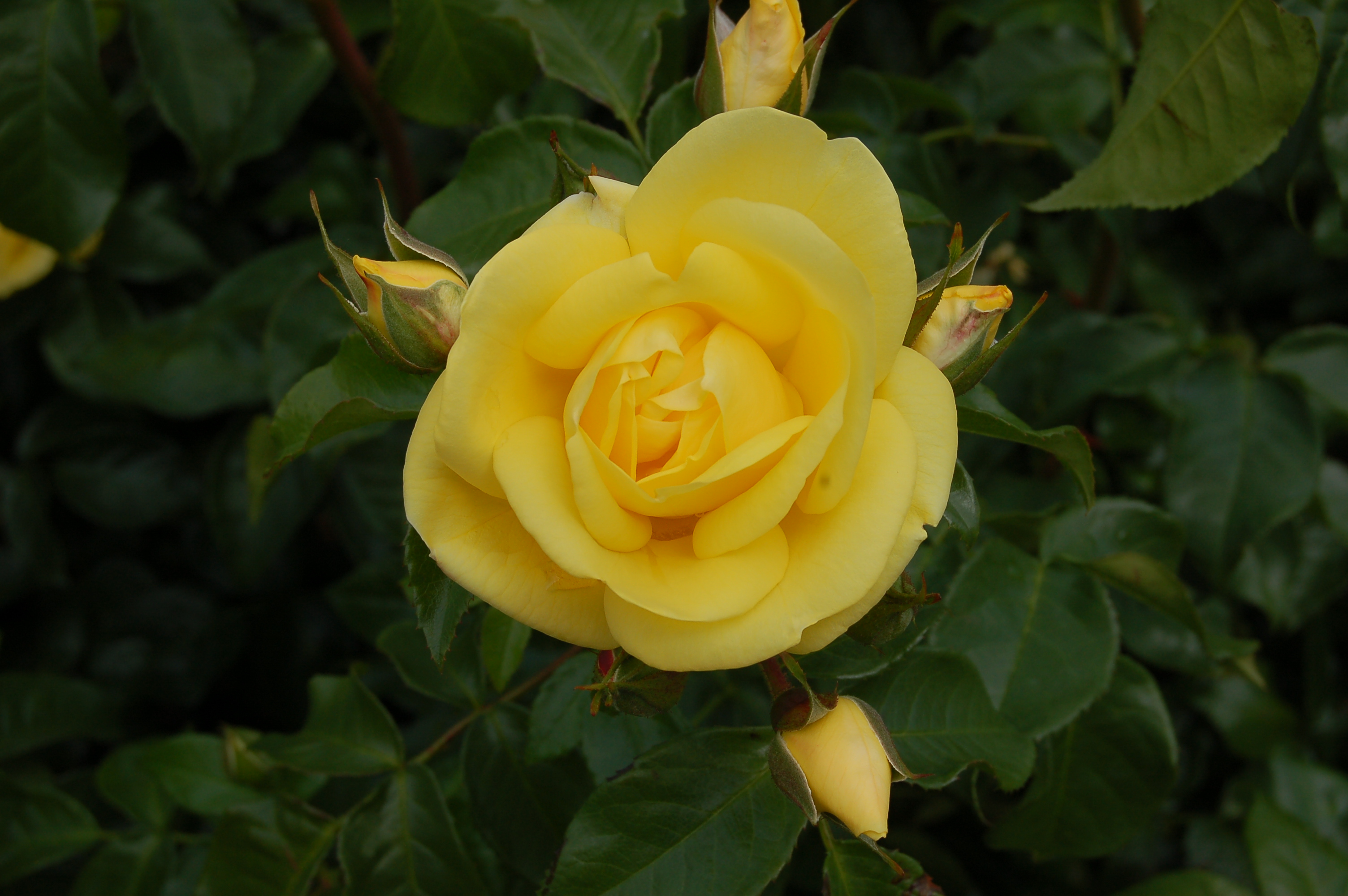
‘Emil Nolde’, Tantau, 2001
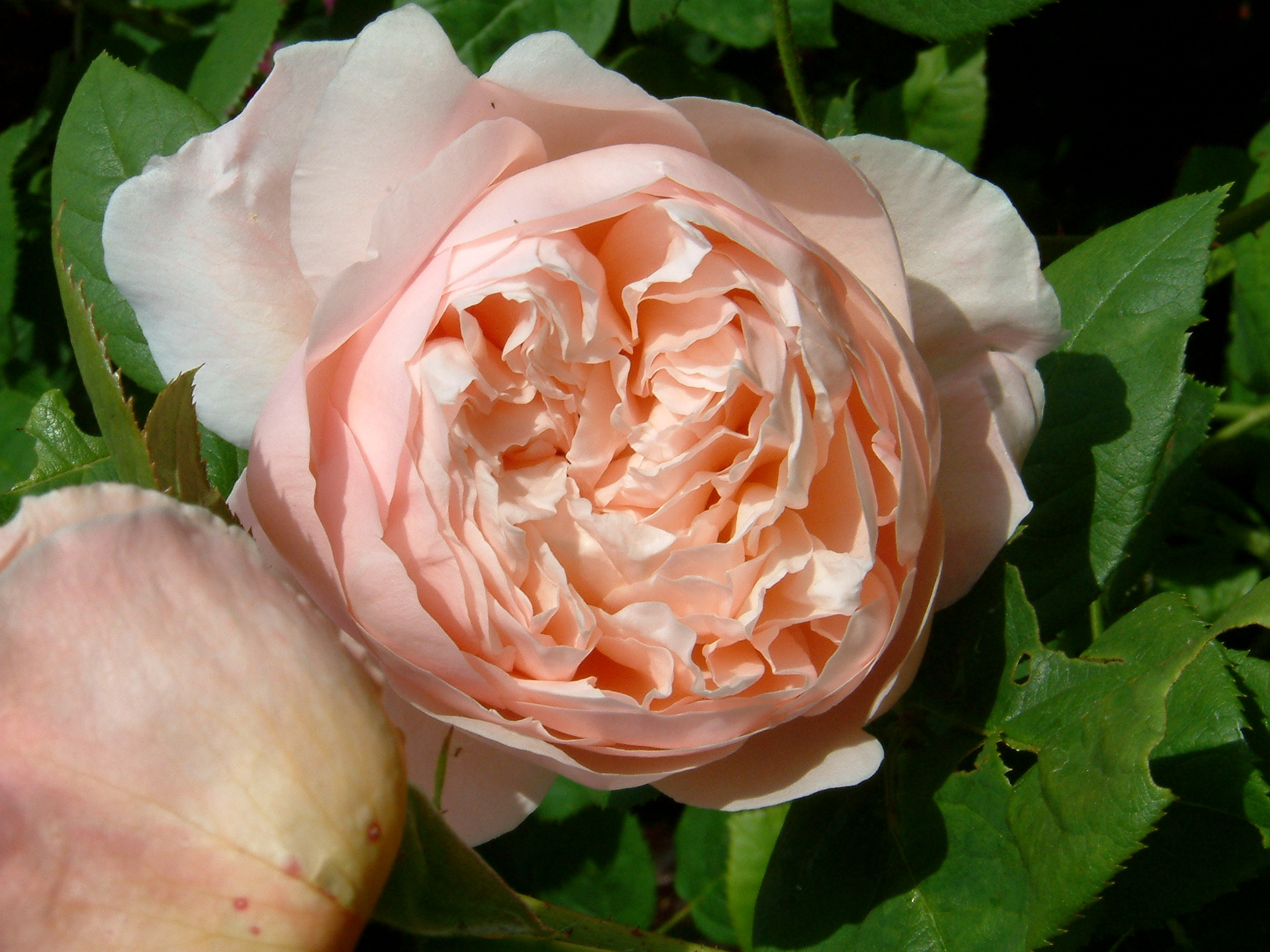
‘Emily’, David Austin, 1992
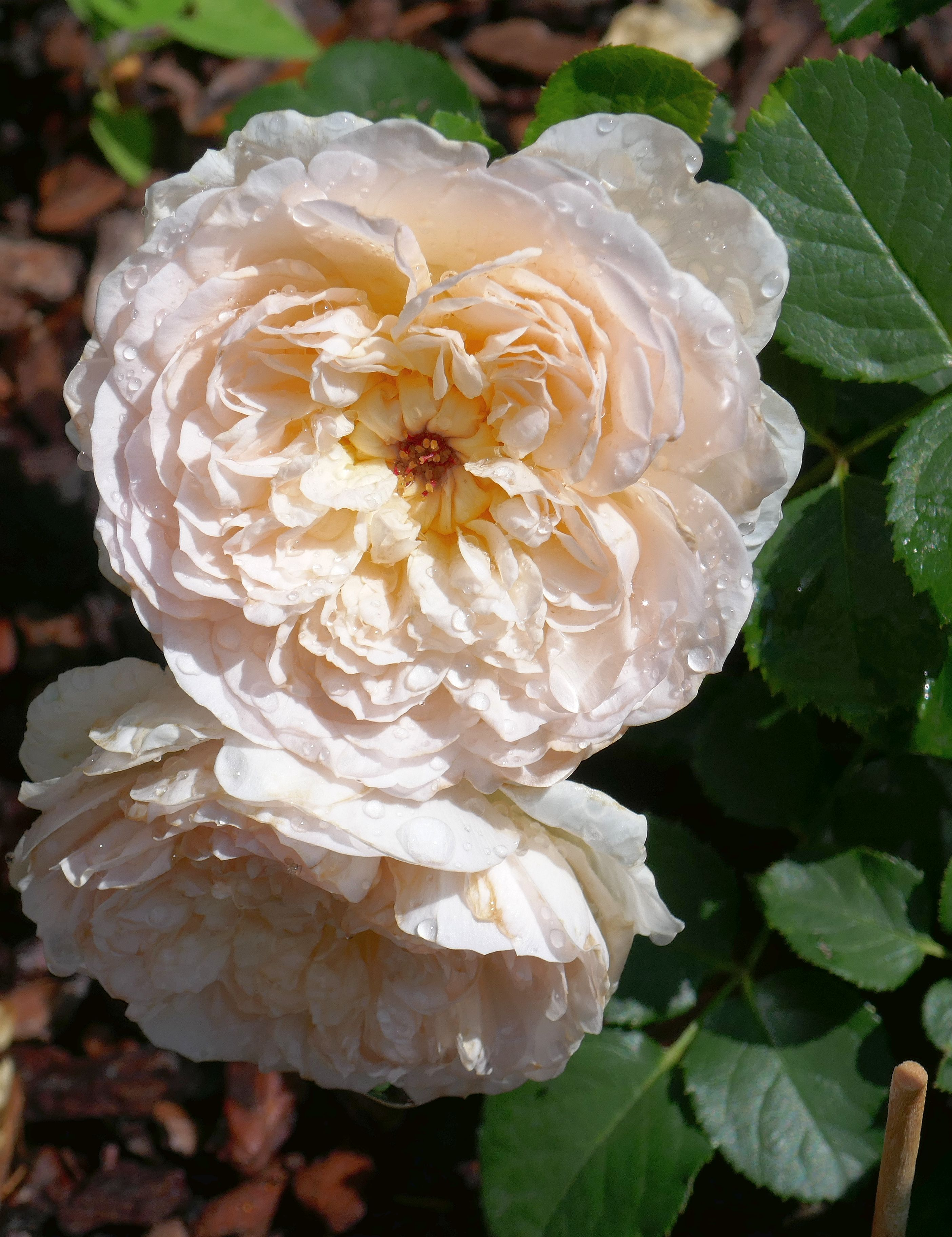
‘Emily Brontë’, David Austin, 2018
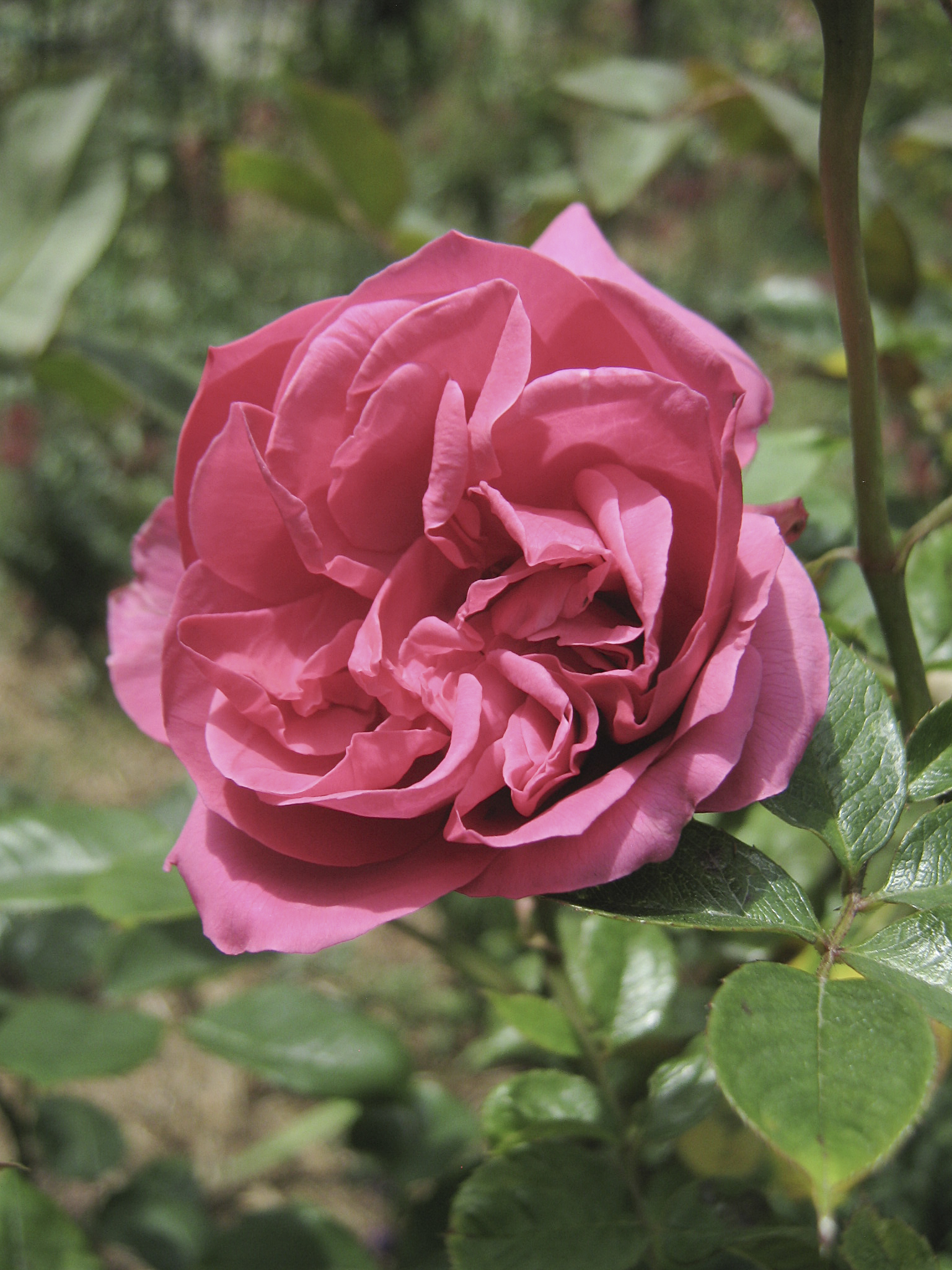
‘Emily Rhodes’, Alister Clark, 1937
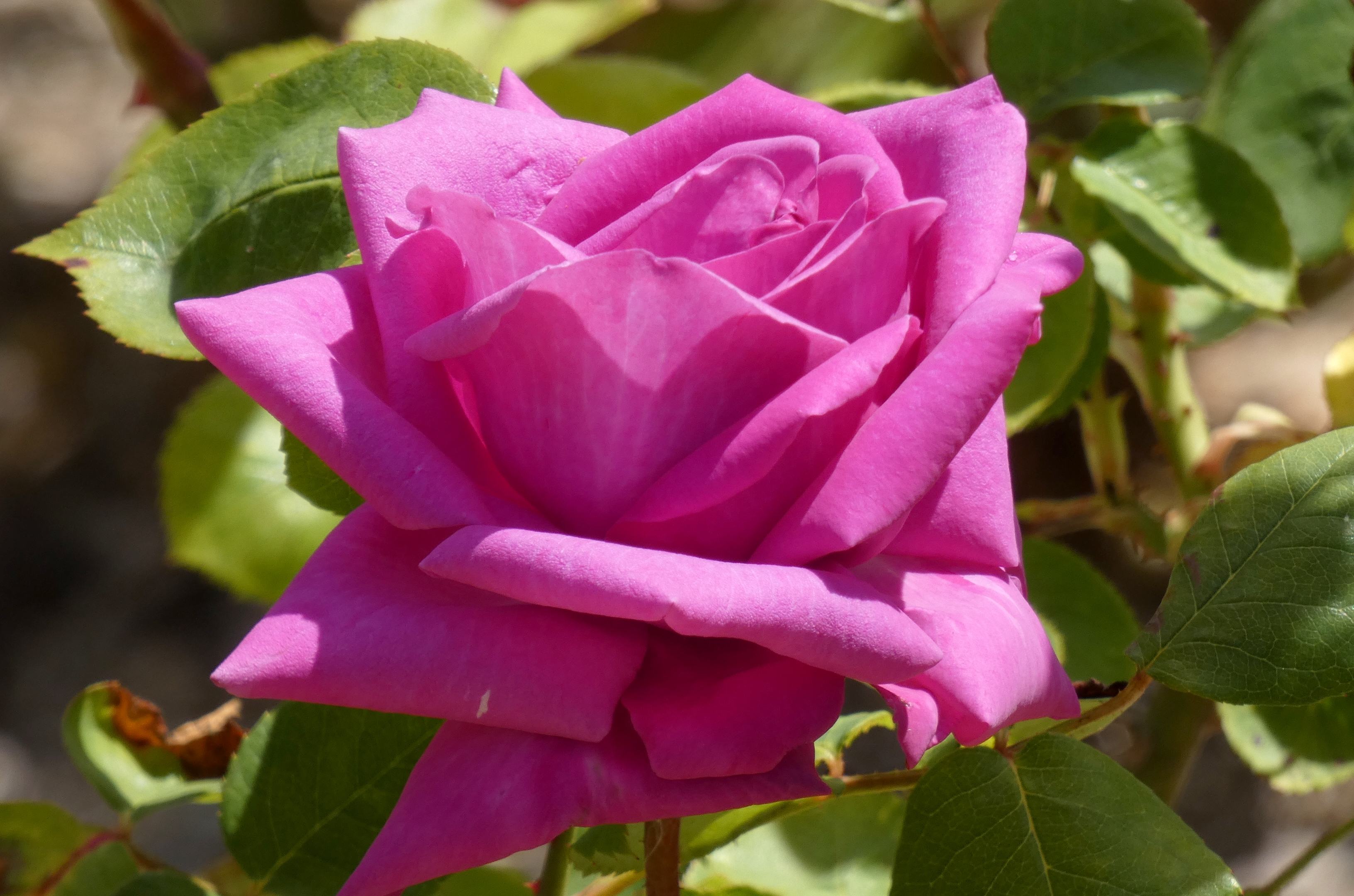
‘Eminence’, Jean-Marie Gaujard, 1955
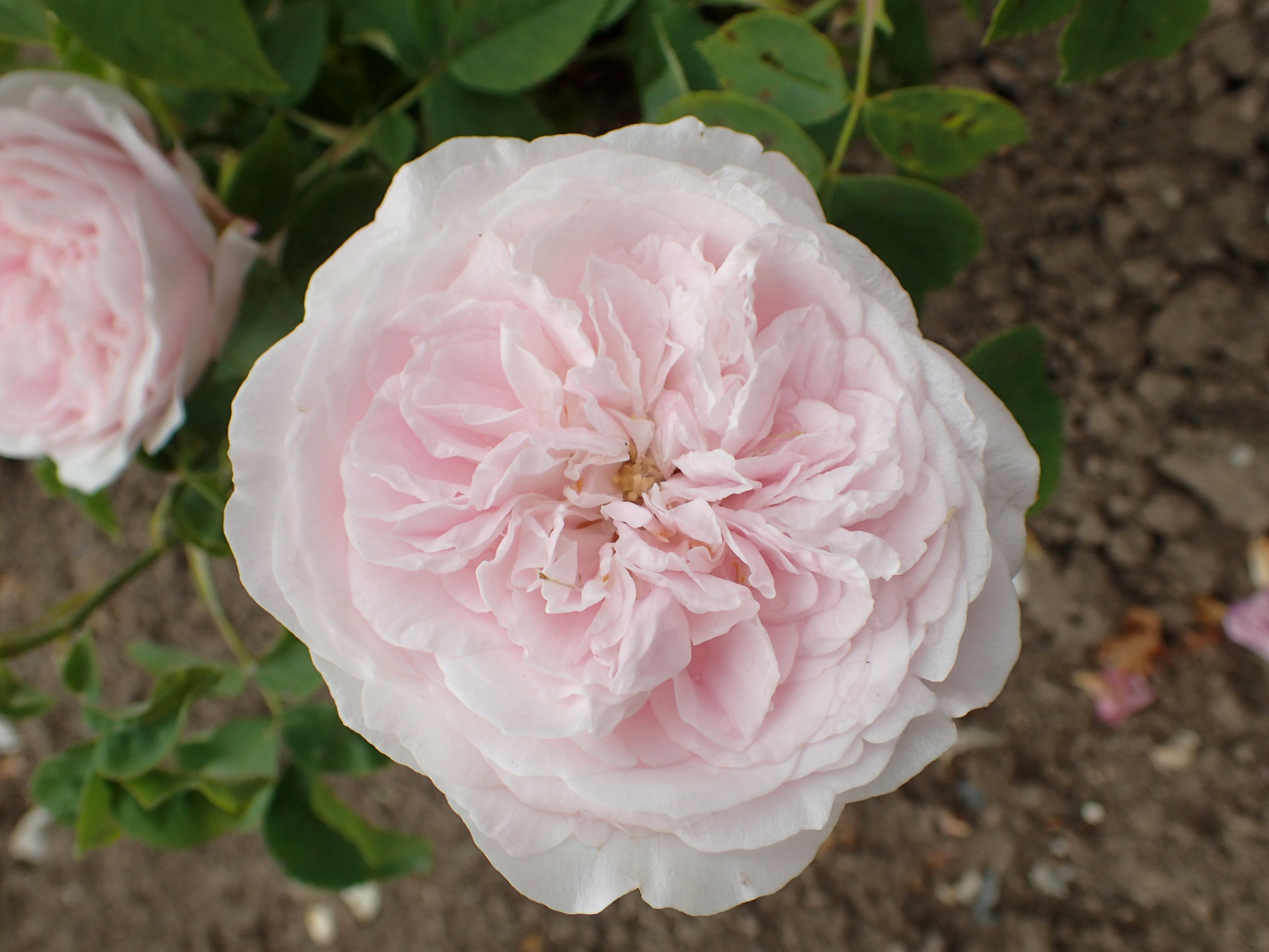
‘Emotion’, François Fontaine, 1879
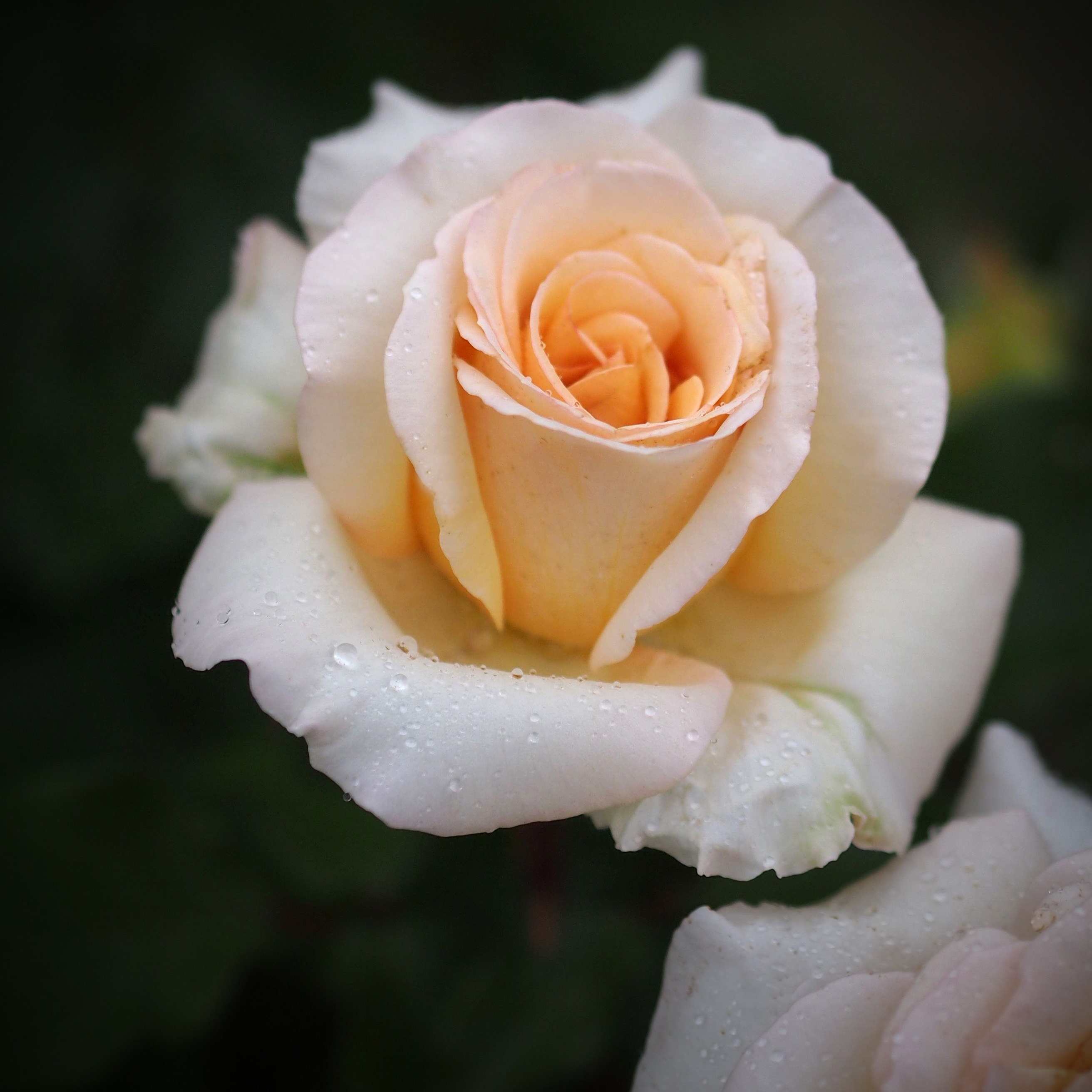
‘Emperor’, Samuel Darragh McGredy IV, 1991
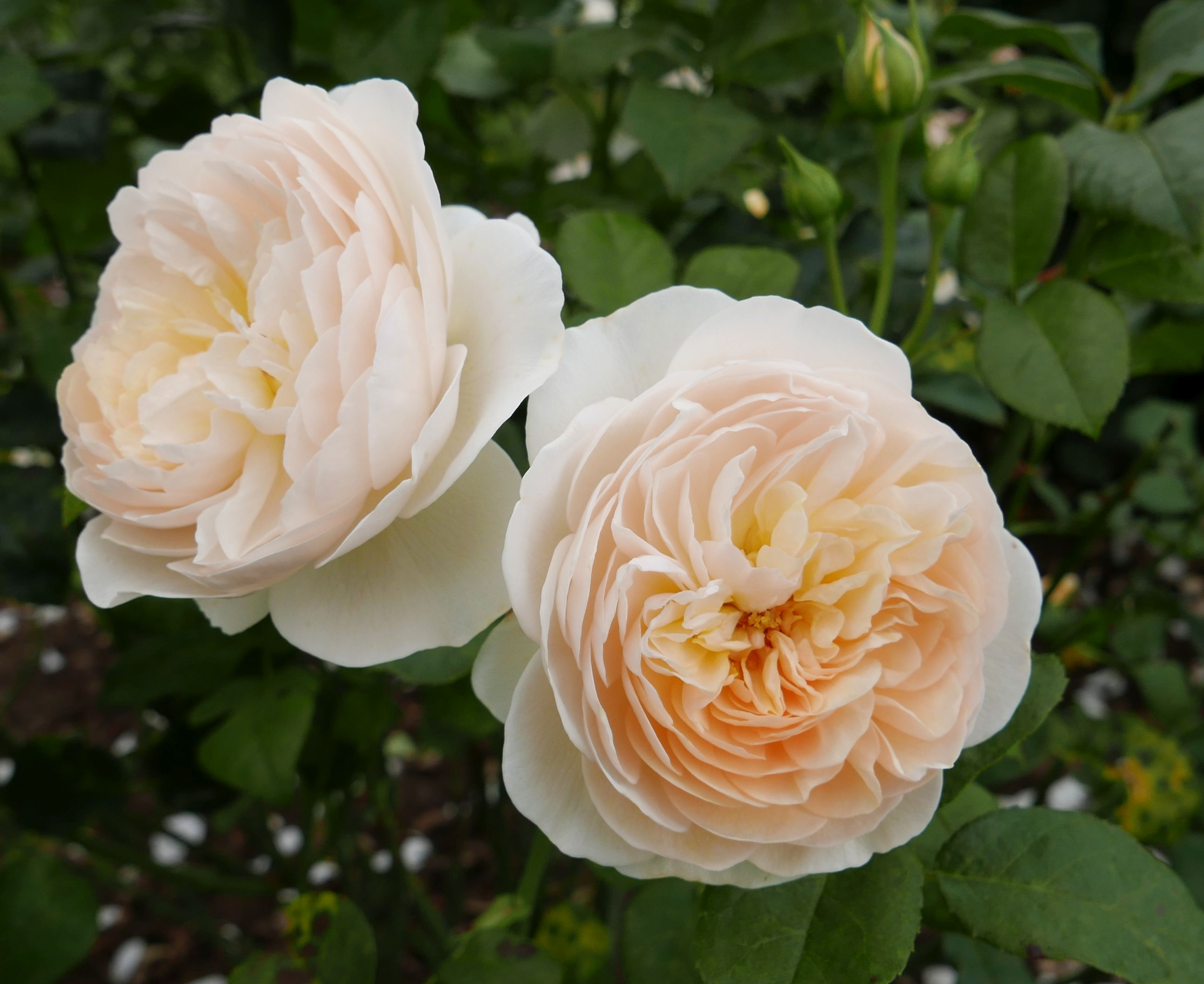
‘England’s Rose’, David Austin, 2000
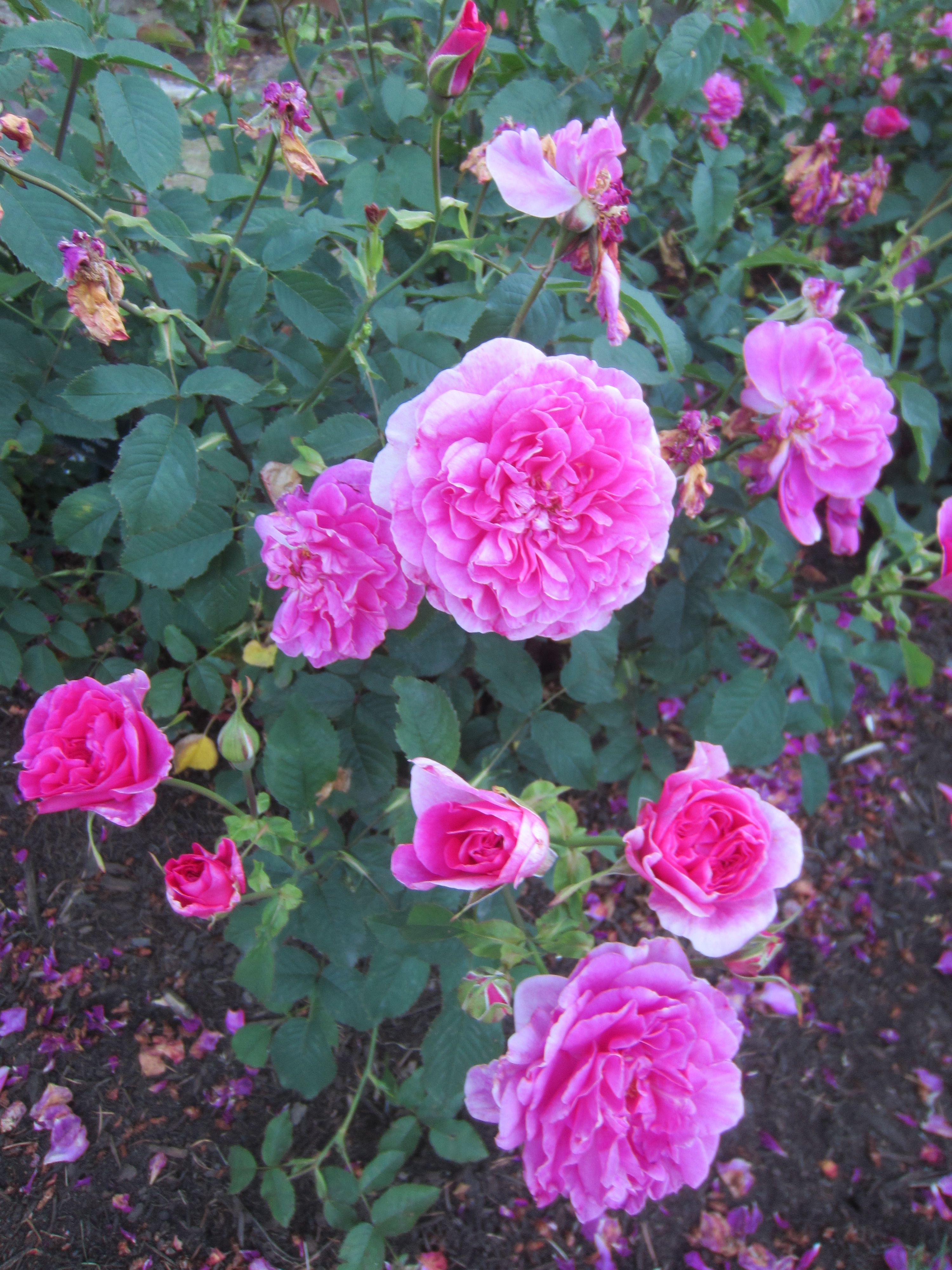
‘England’s Rose (2010)’, David Austin, 2010
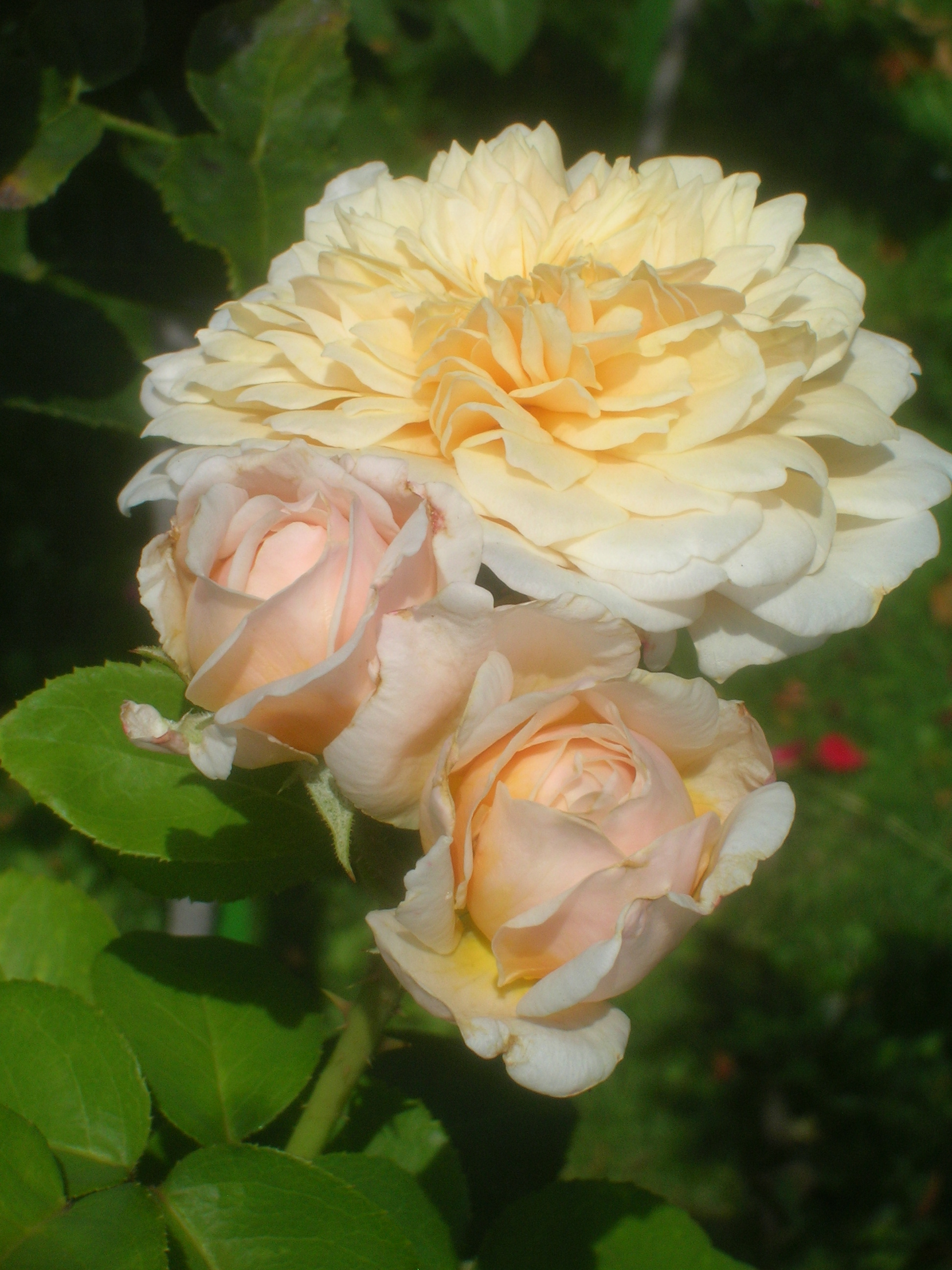
‘English Garden’ (auch ‘Schloss Glücksburg’), David Austin, 1986
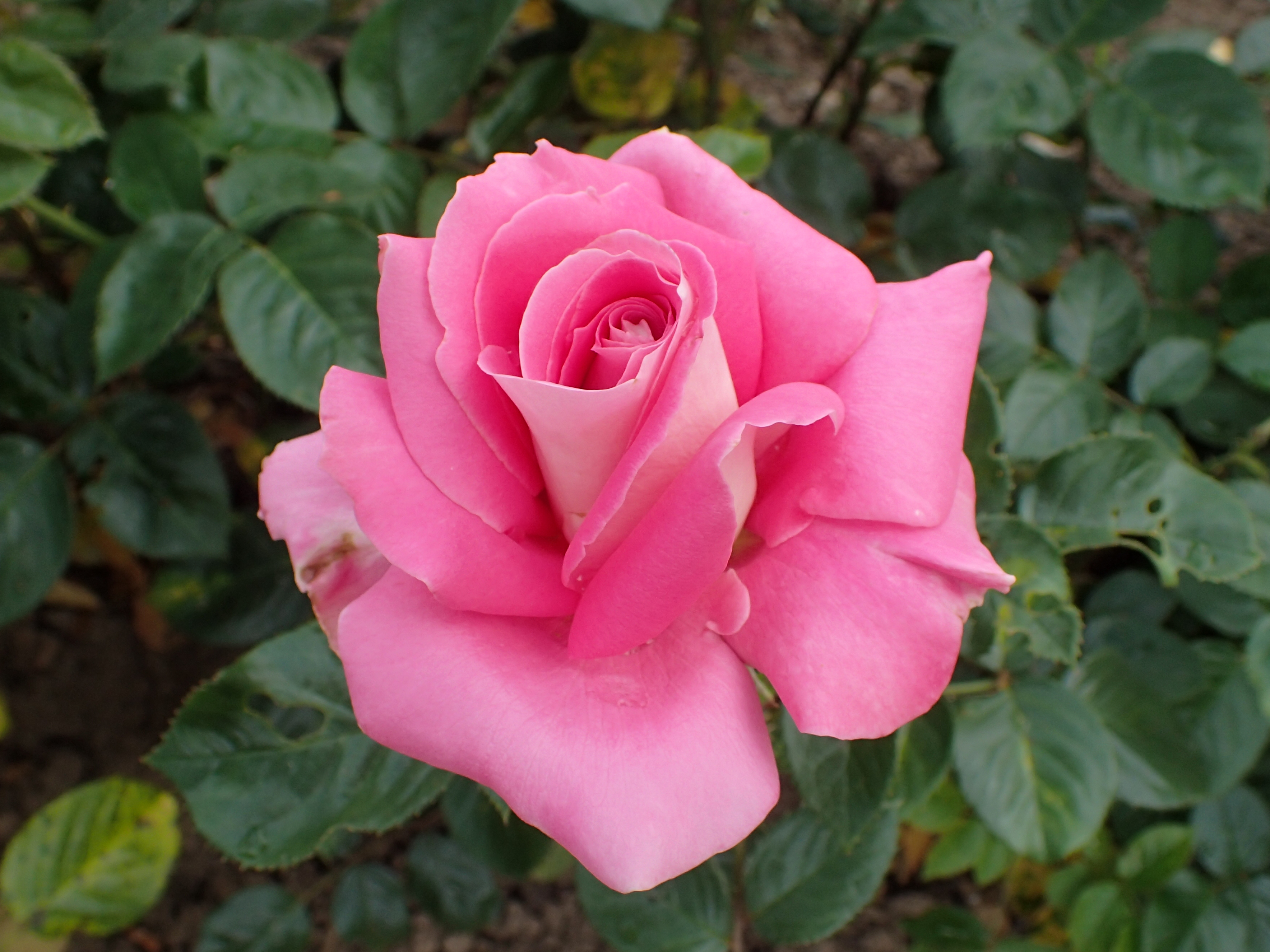
‘Epoca’, Belestier, 1962
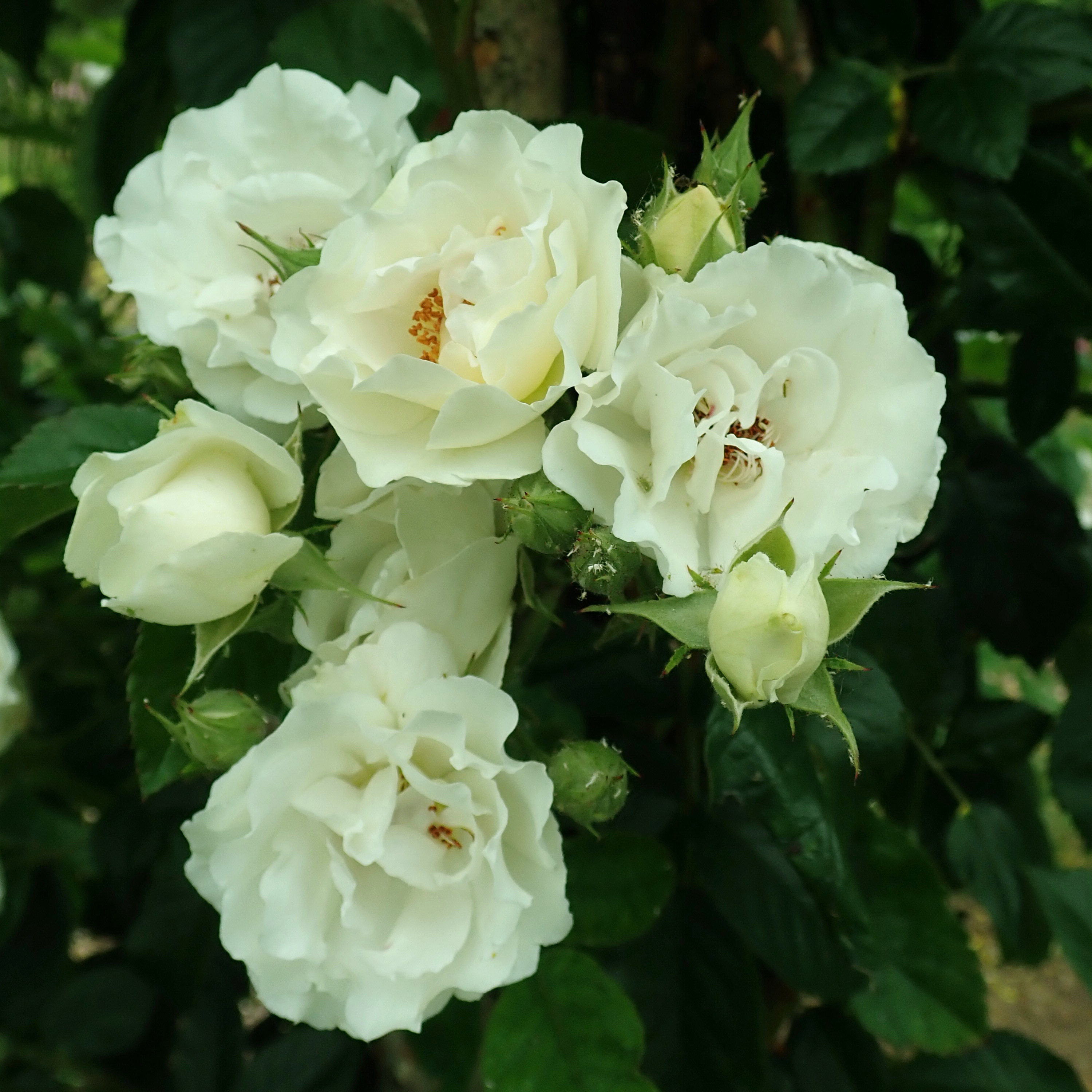
‘Erato’, Matthias Tantau, 1937
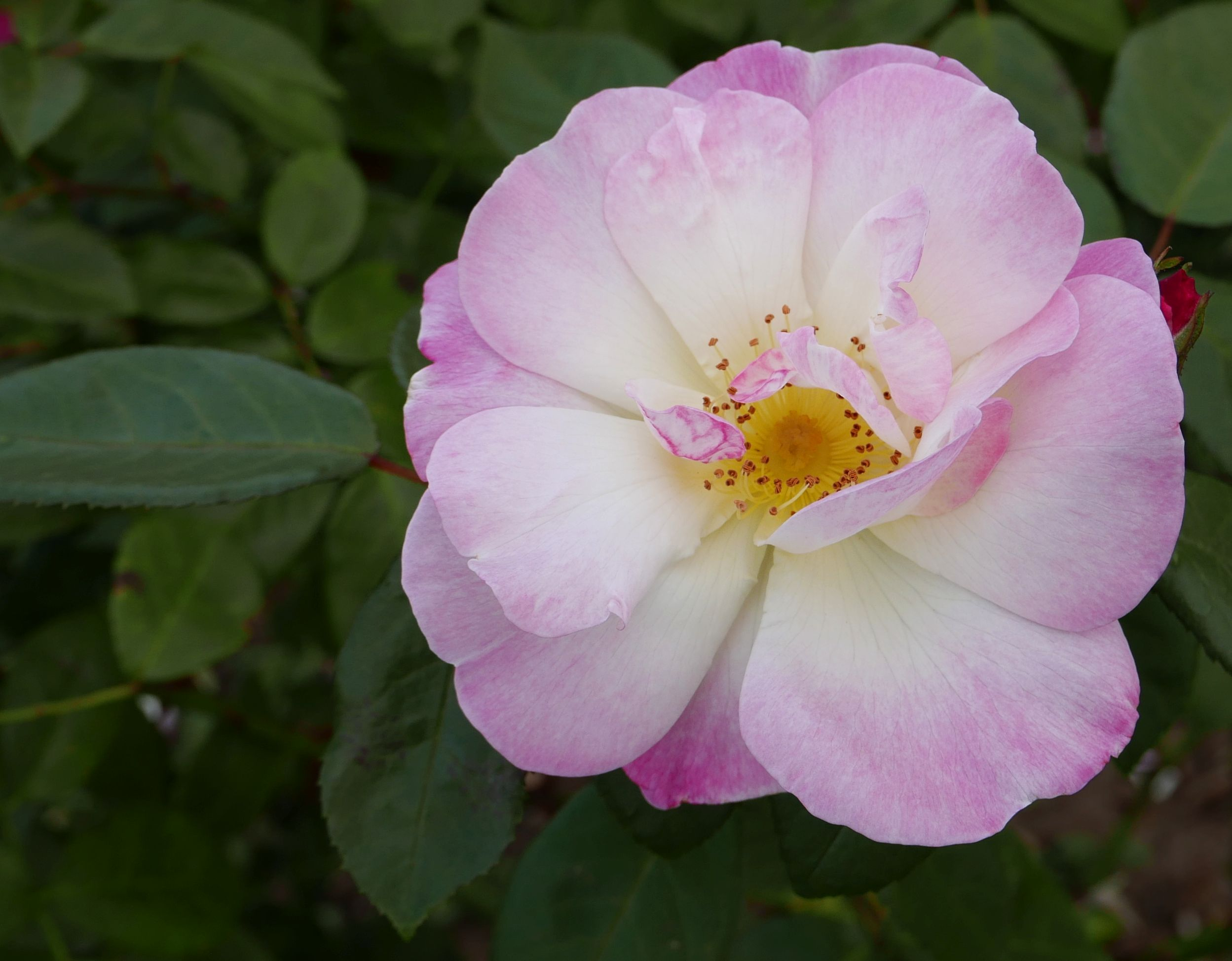
‘Erfurt’, Kordes, 1939
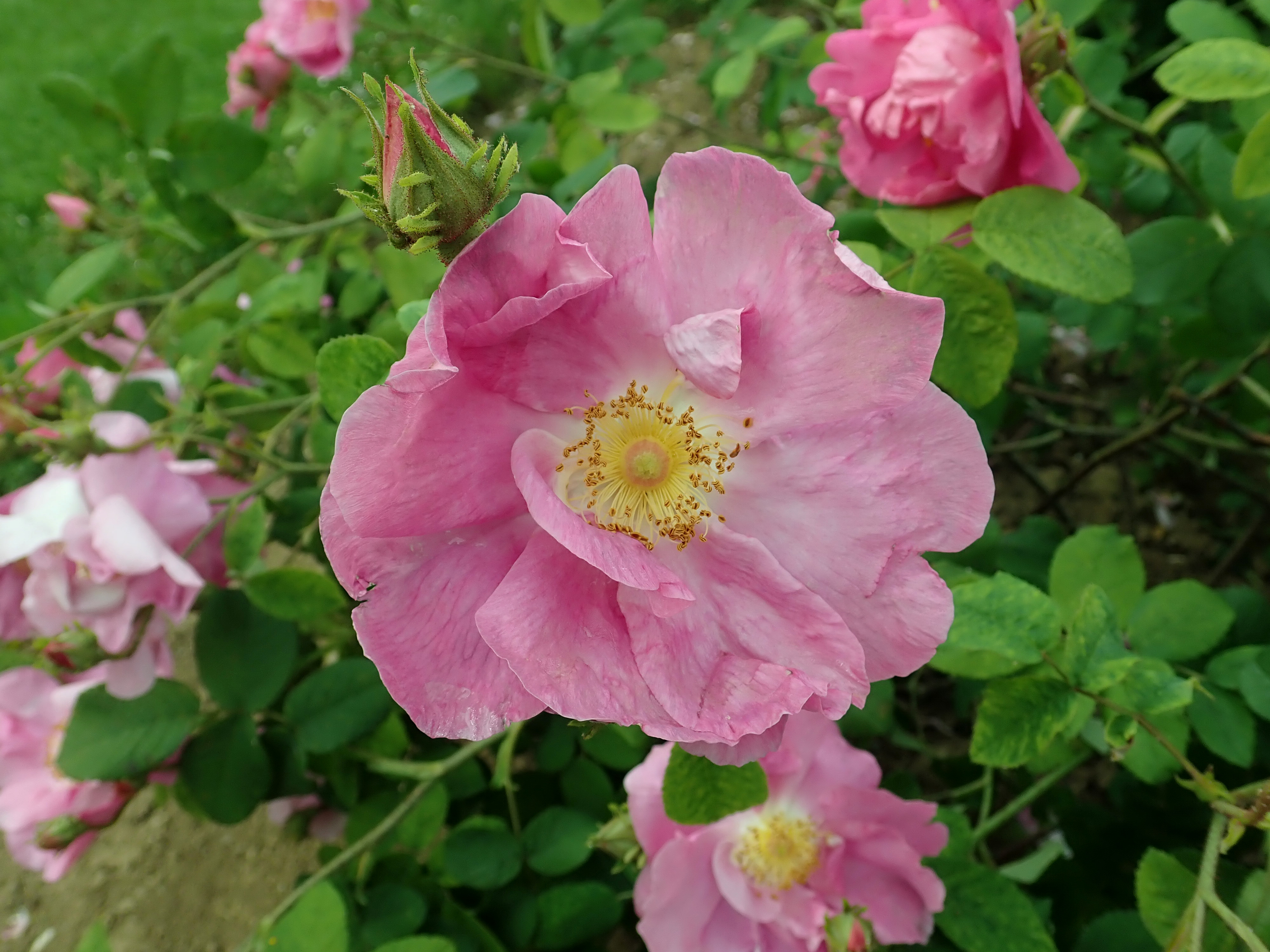
‘Erich Unmuth’, Pirjo Rautio, 2009
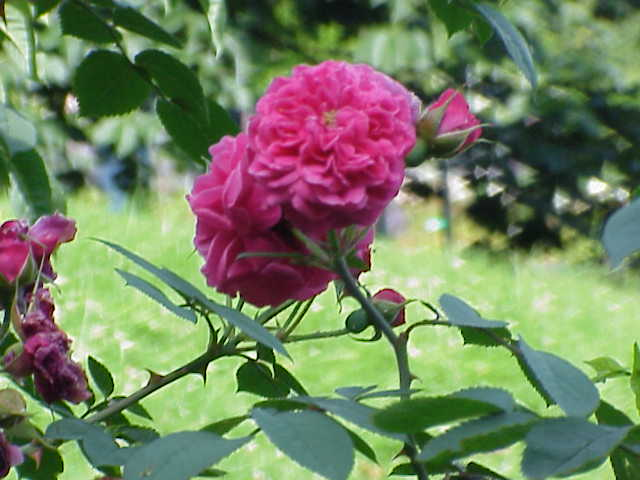
‘Erinnerung an Brod’, Geschwind, 1886
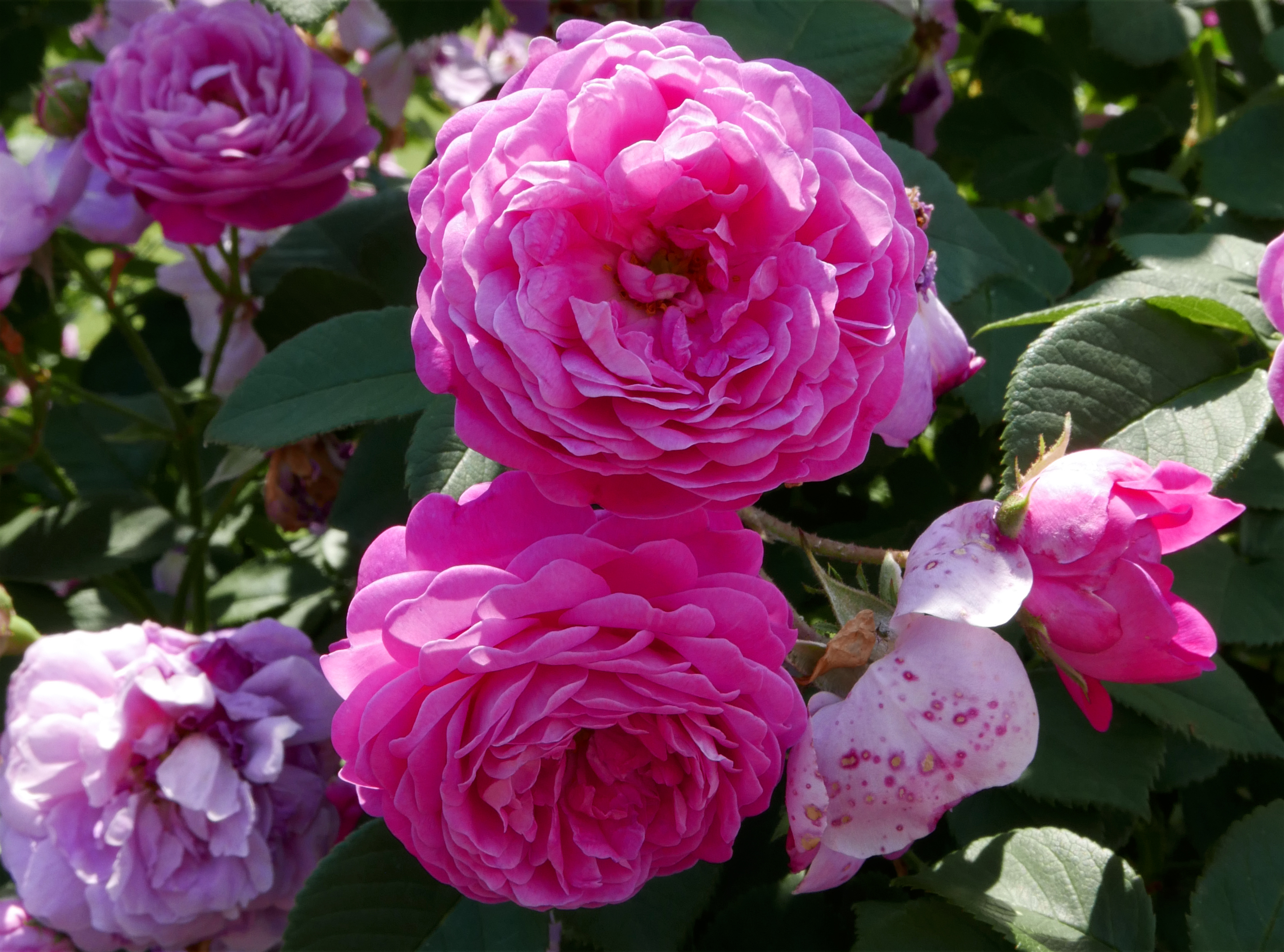
‘Ernst G. Dörell’, Geschwind, 1887
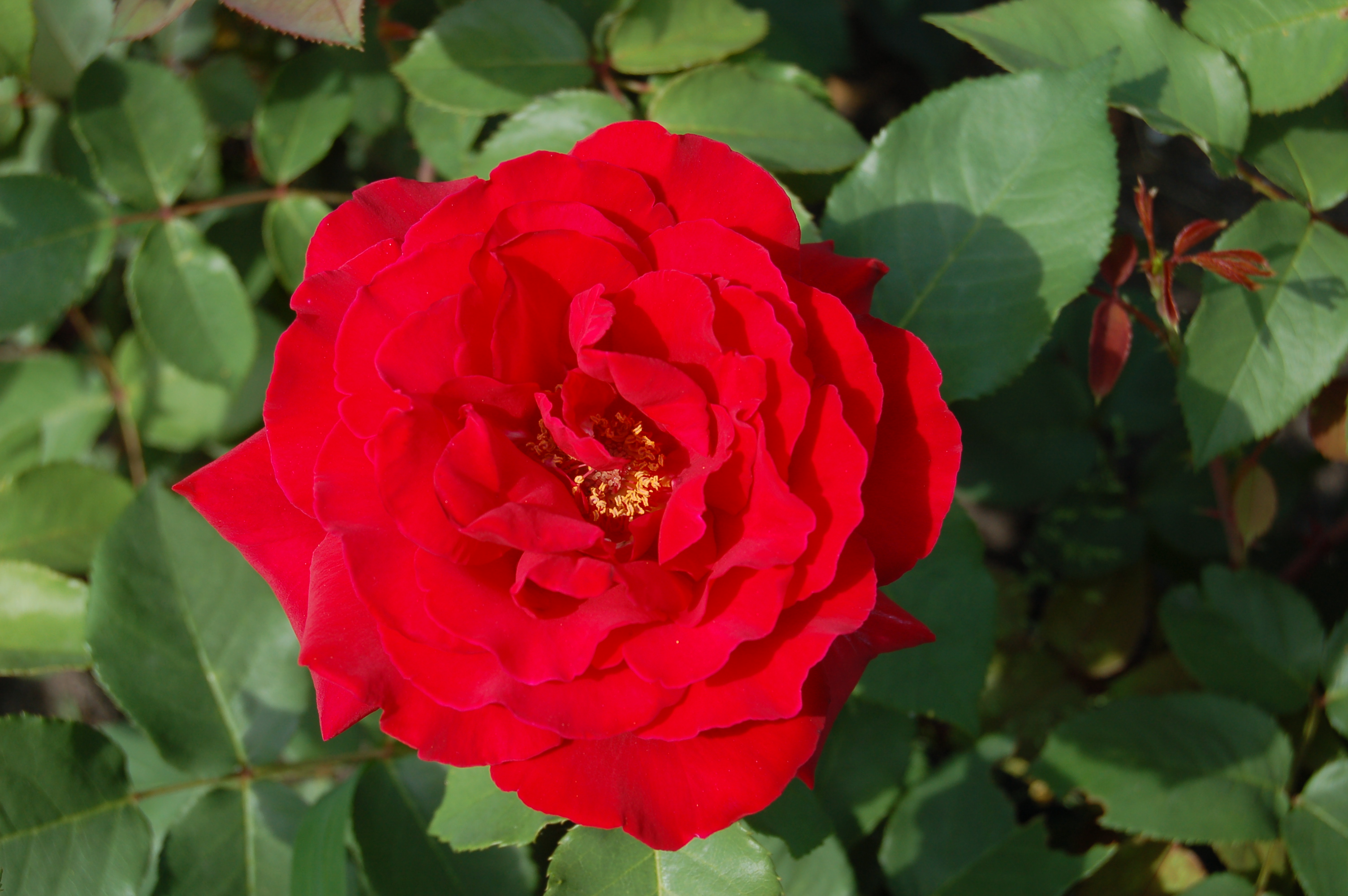
‘Erotika’, M. Tantau jun., 1968
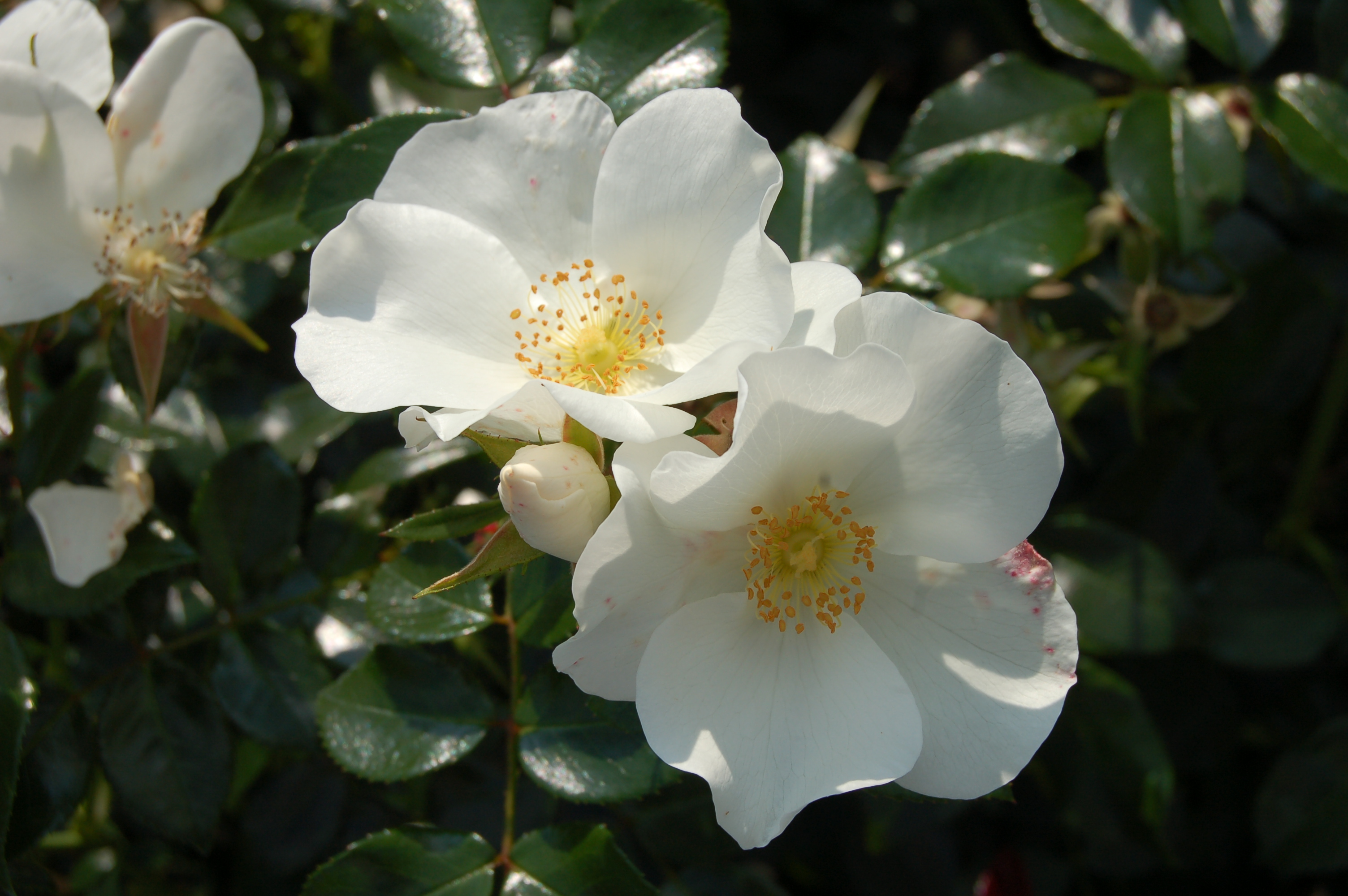
‘Escimo’, Kordes, 2006
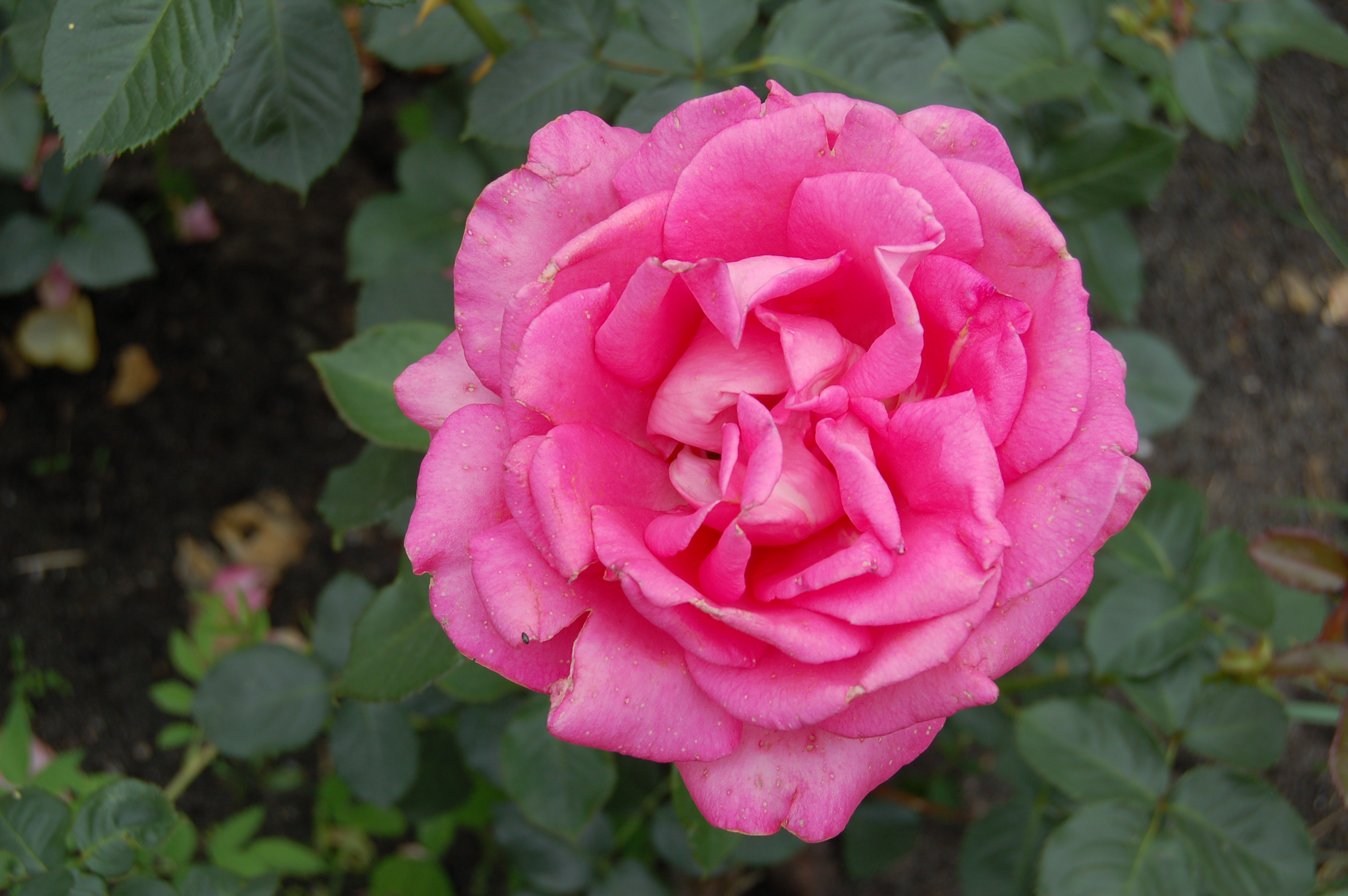
‘Esmeralda’, Kordes, 1980
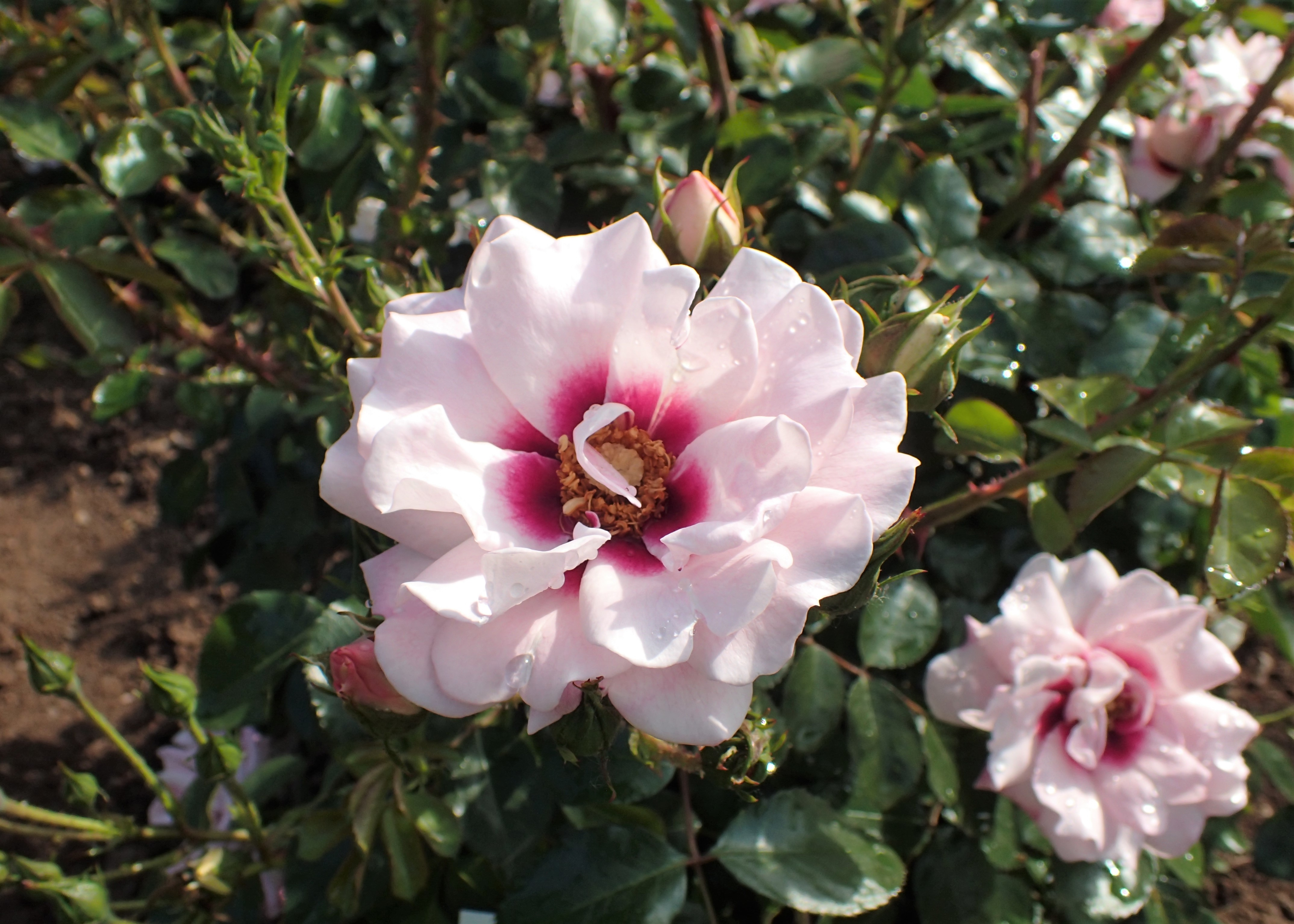
‘Esther Queen of Persia’ (auch ‘Angel Eyes’), Warner, 2012
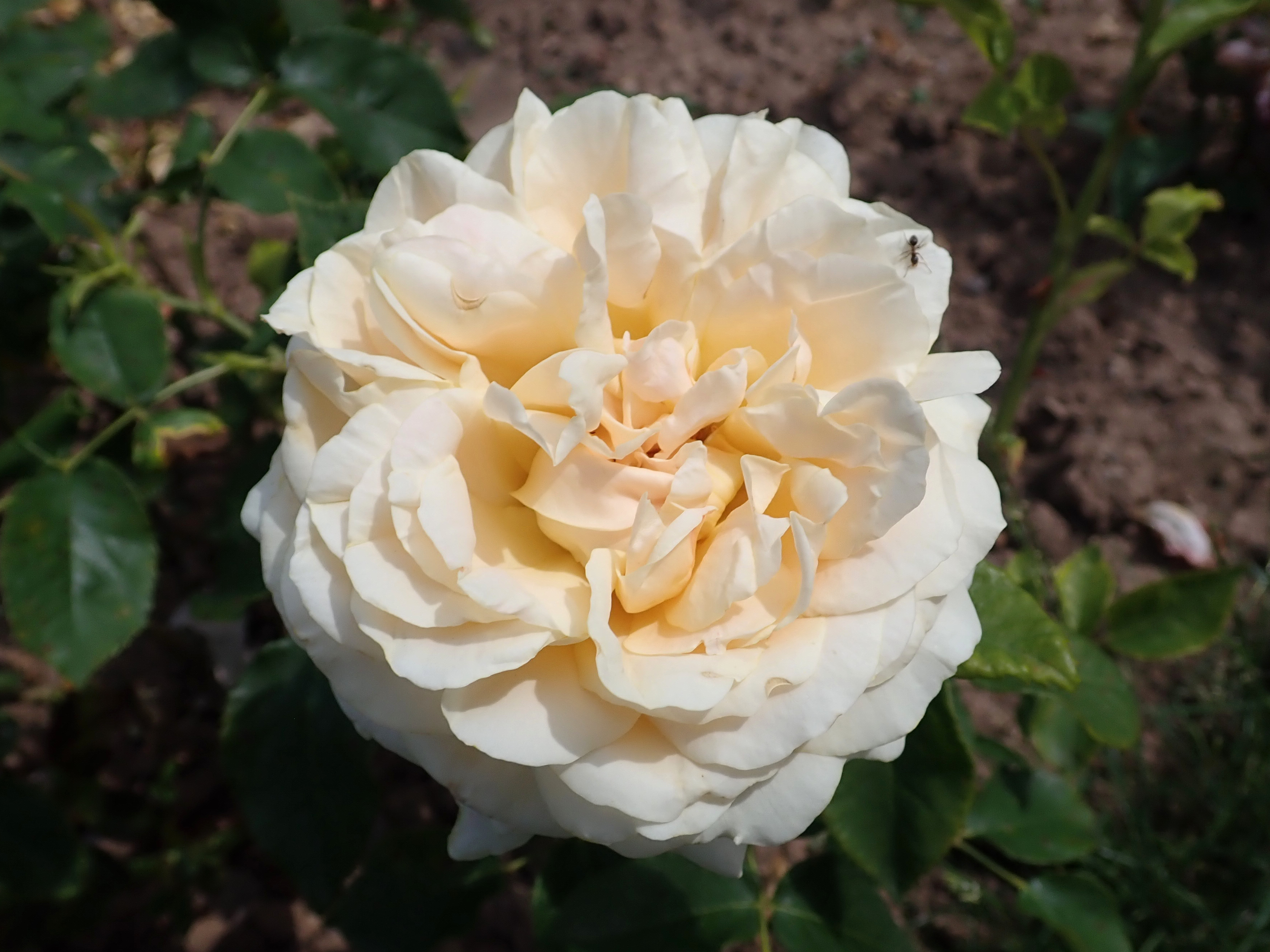
‘Esztergom’, Gergely Márk, 1972
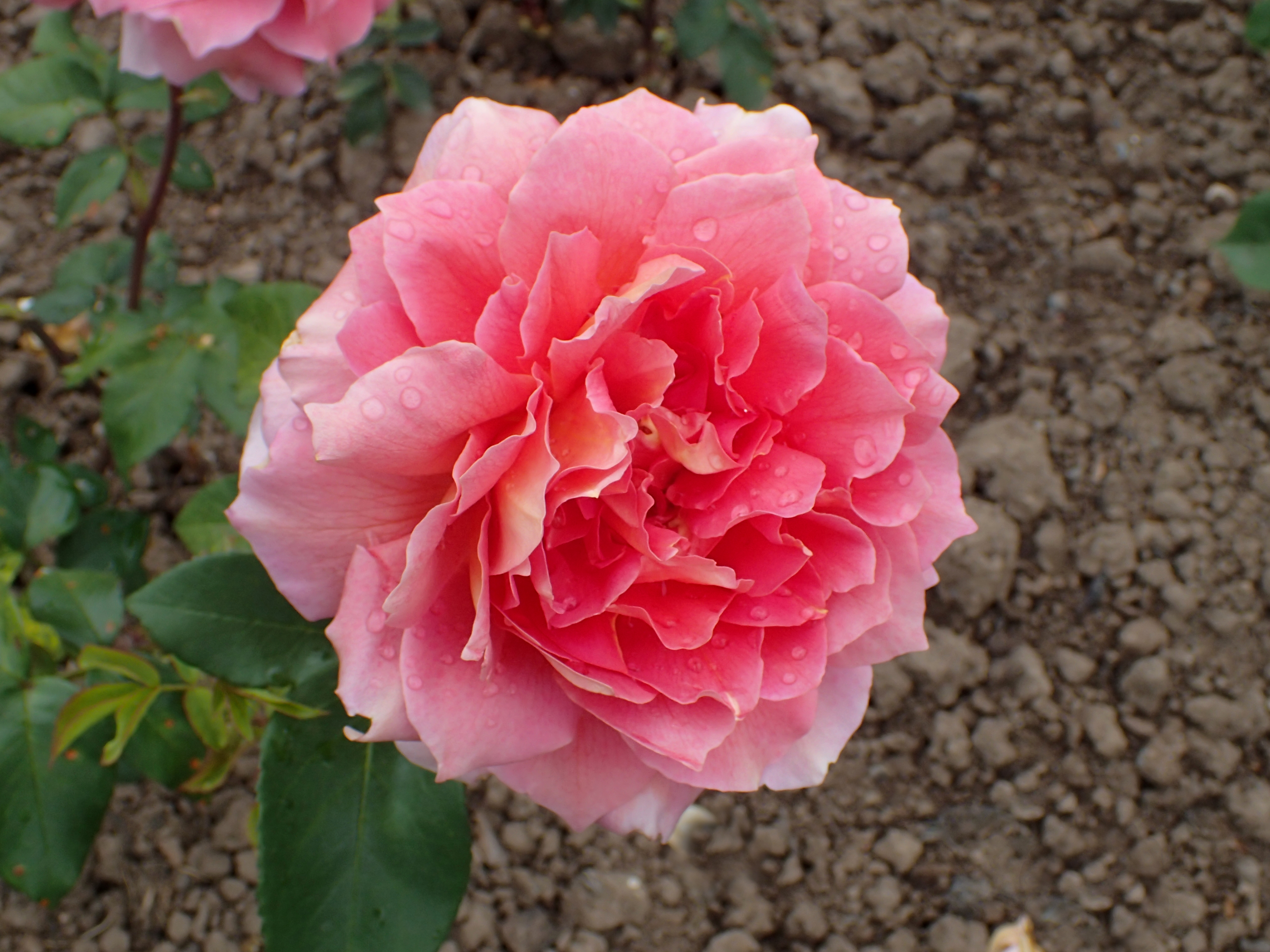
‘Eterna Giovinezza’ (auch: ‘Eternal Youth’), Domenico Aicardi, 1937
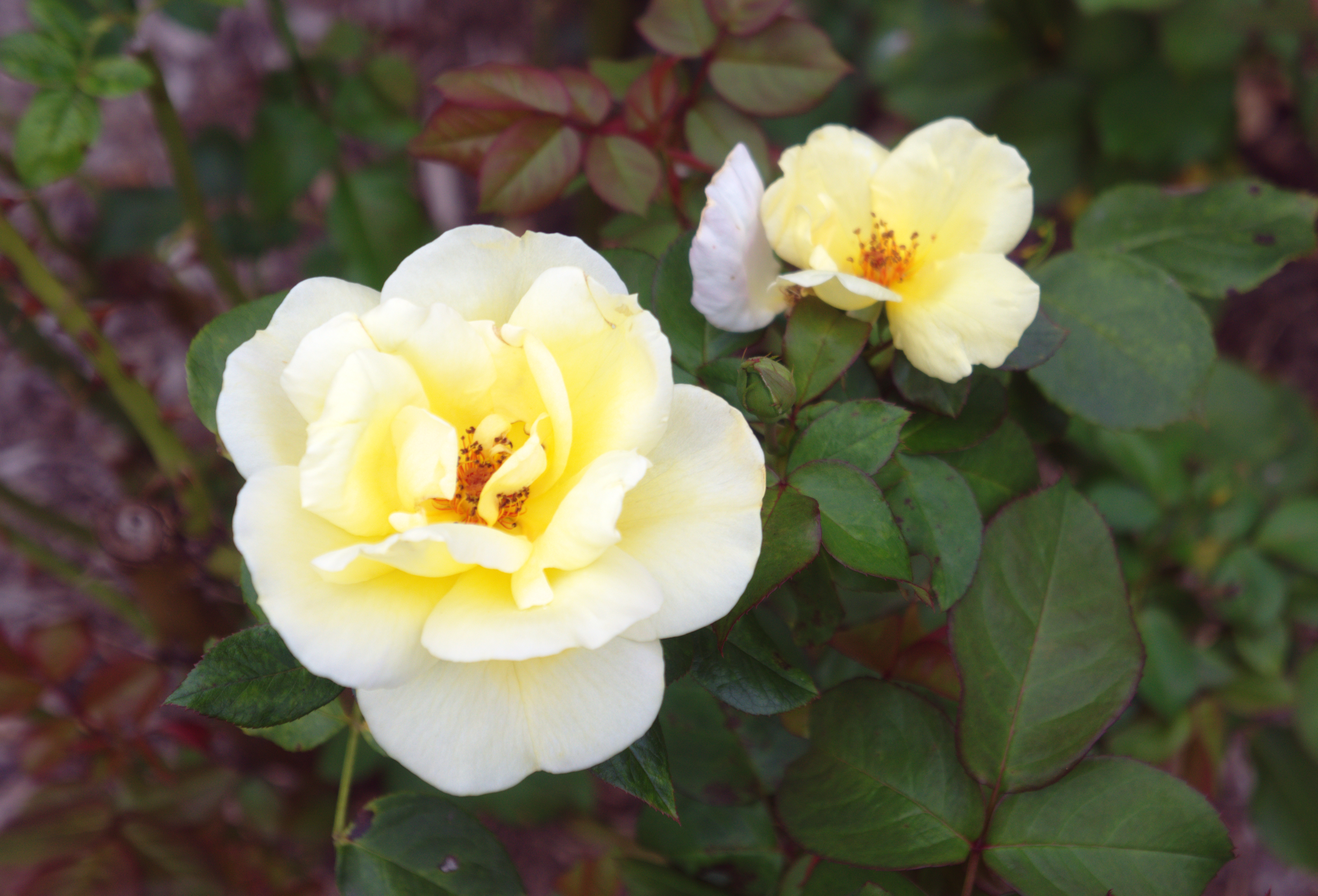
‘Eternal Flame’, Meilland 2007
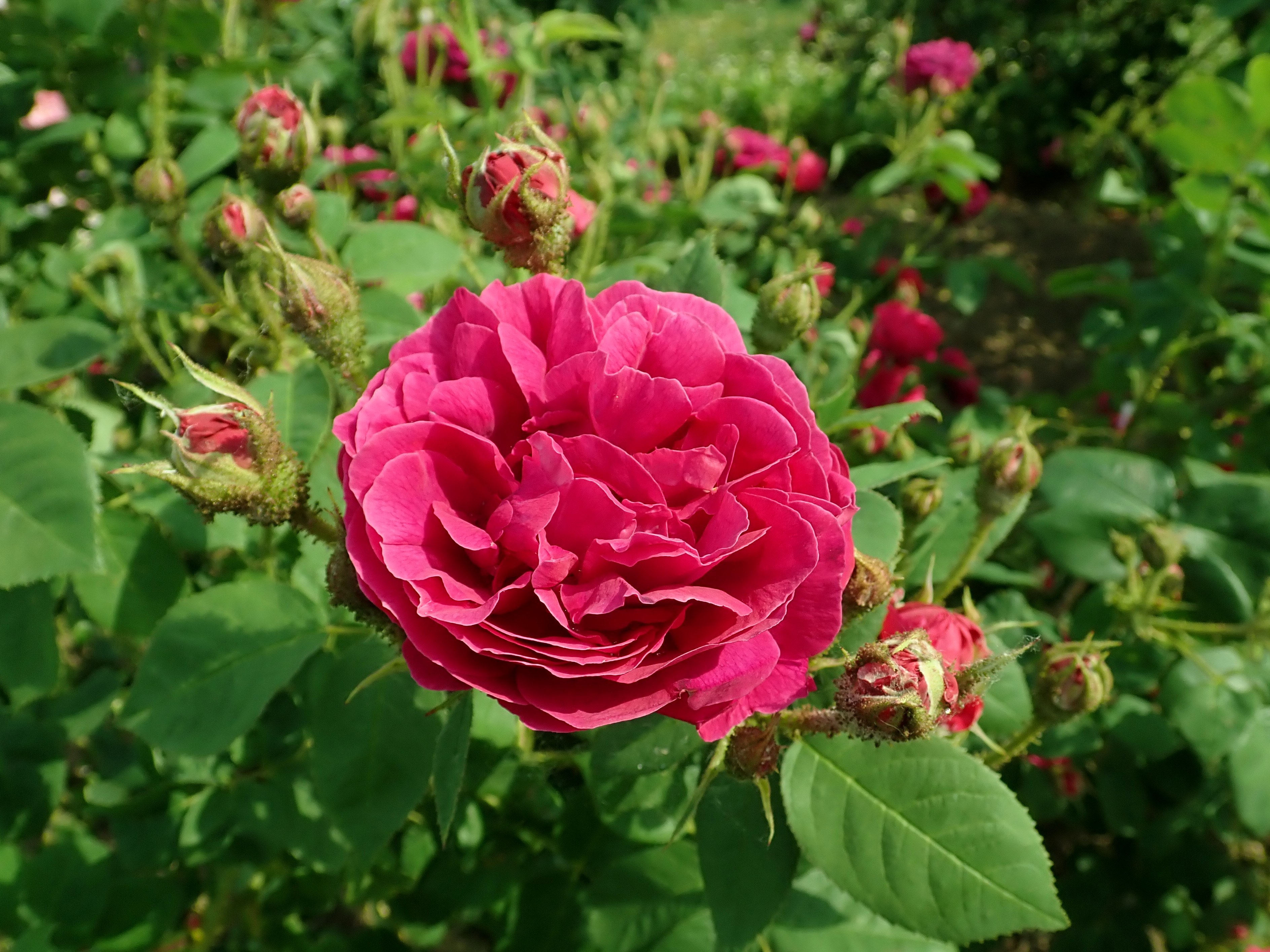
‘Etna’, Vibert, 1845
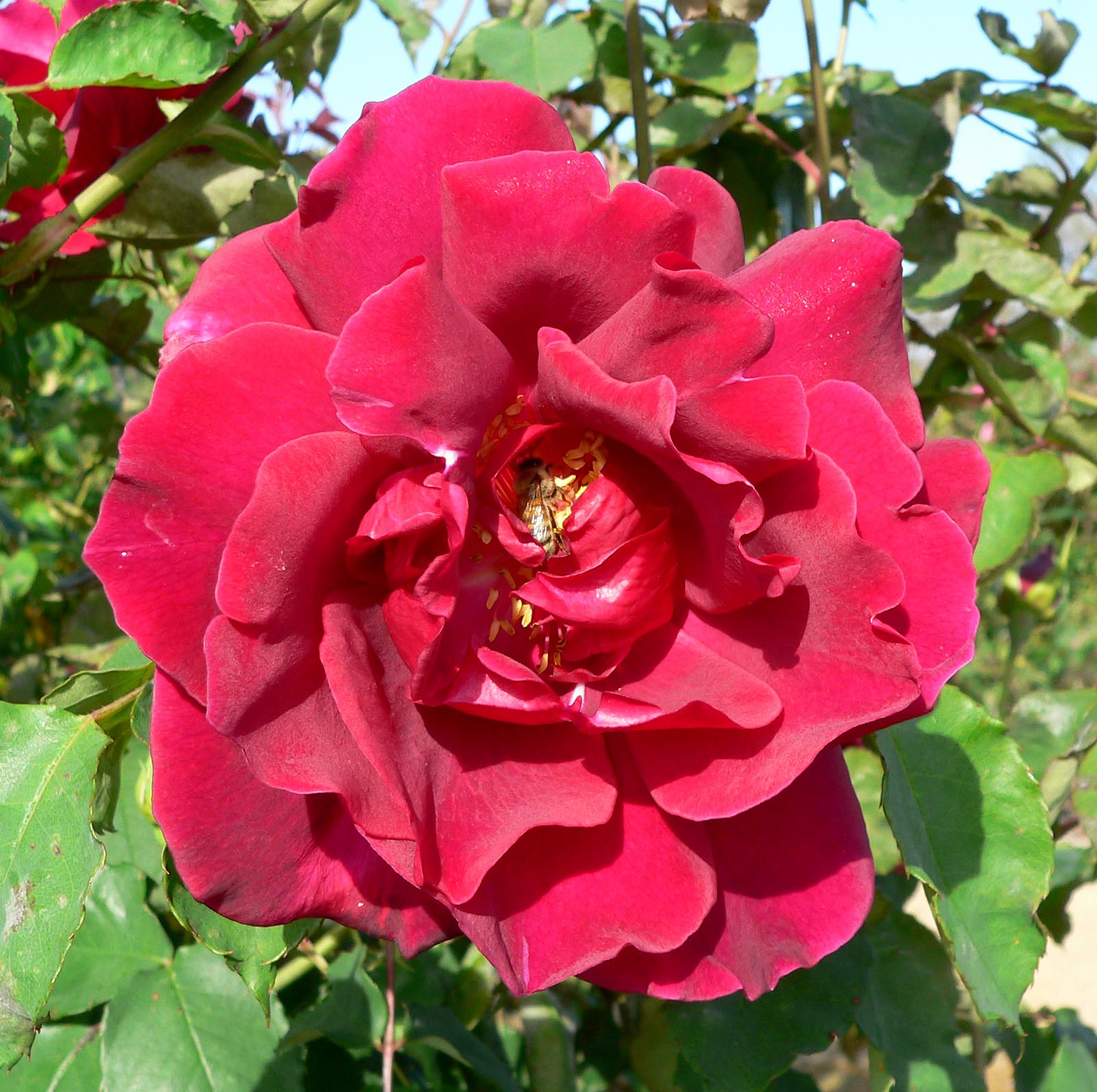
‘Etoile de Hollande’, Verschuren, 1919
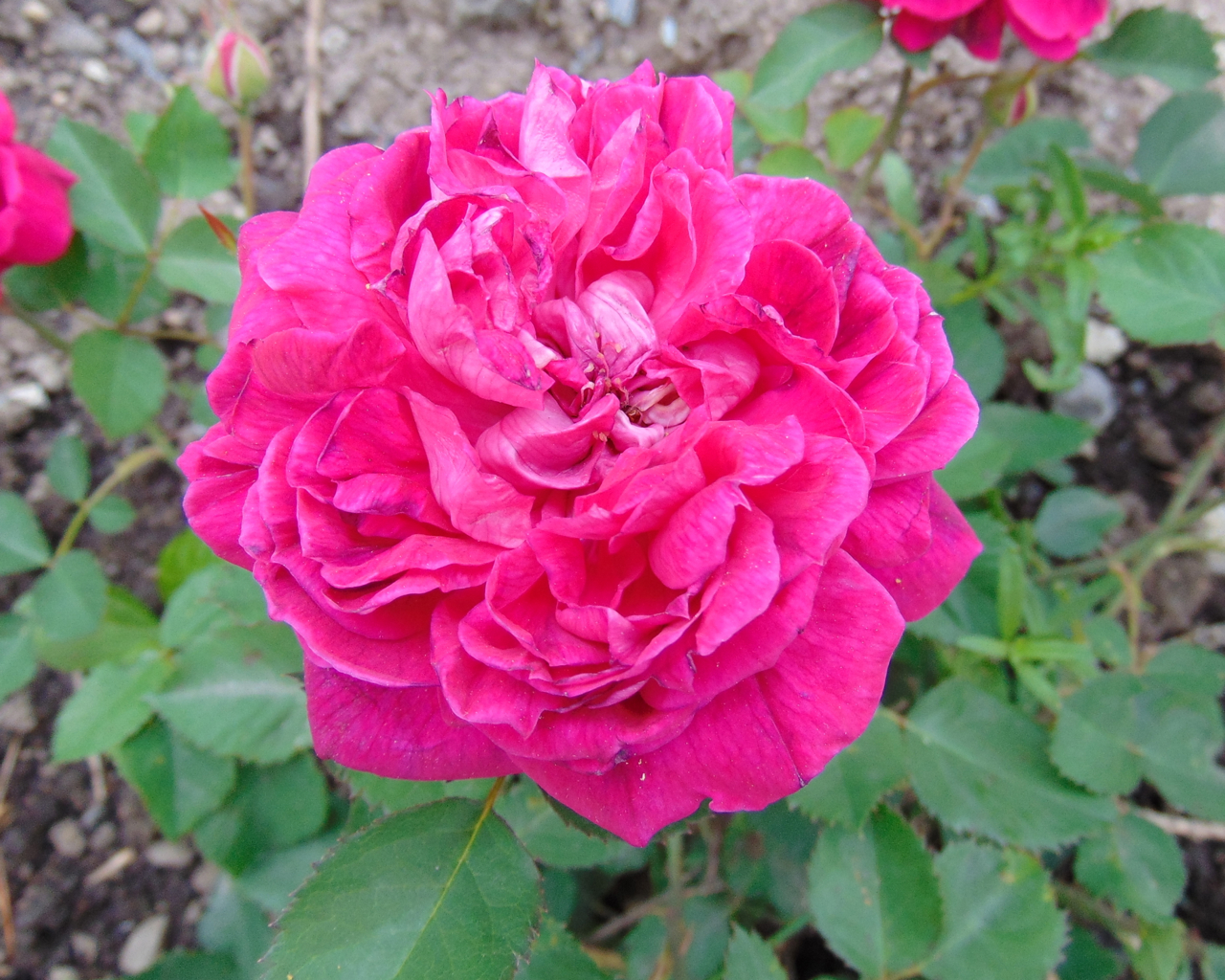
‘Eugène de Beauharnais’, Hardy, 1831
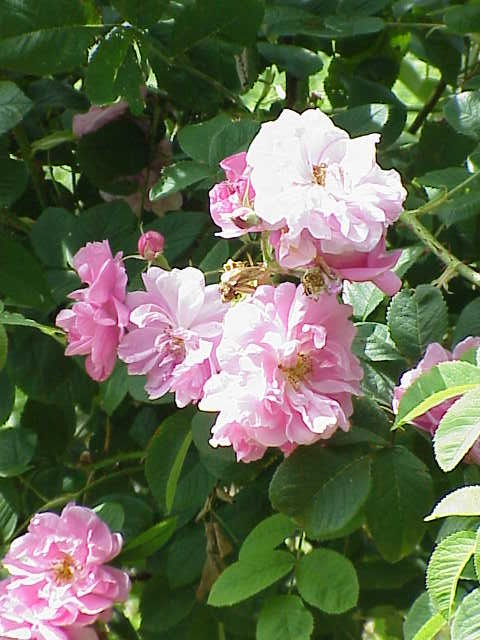
‘Eugénie de Guinoisseau’, Guinoisseau, 1864
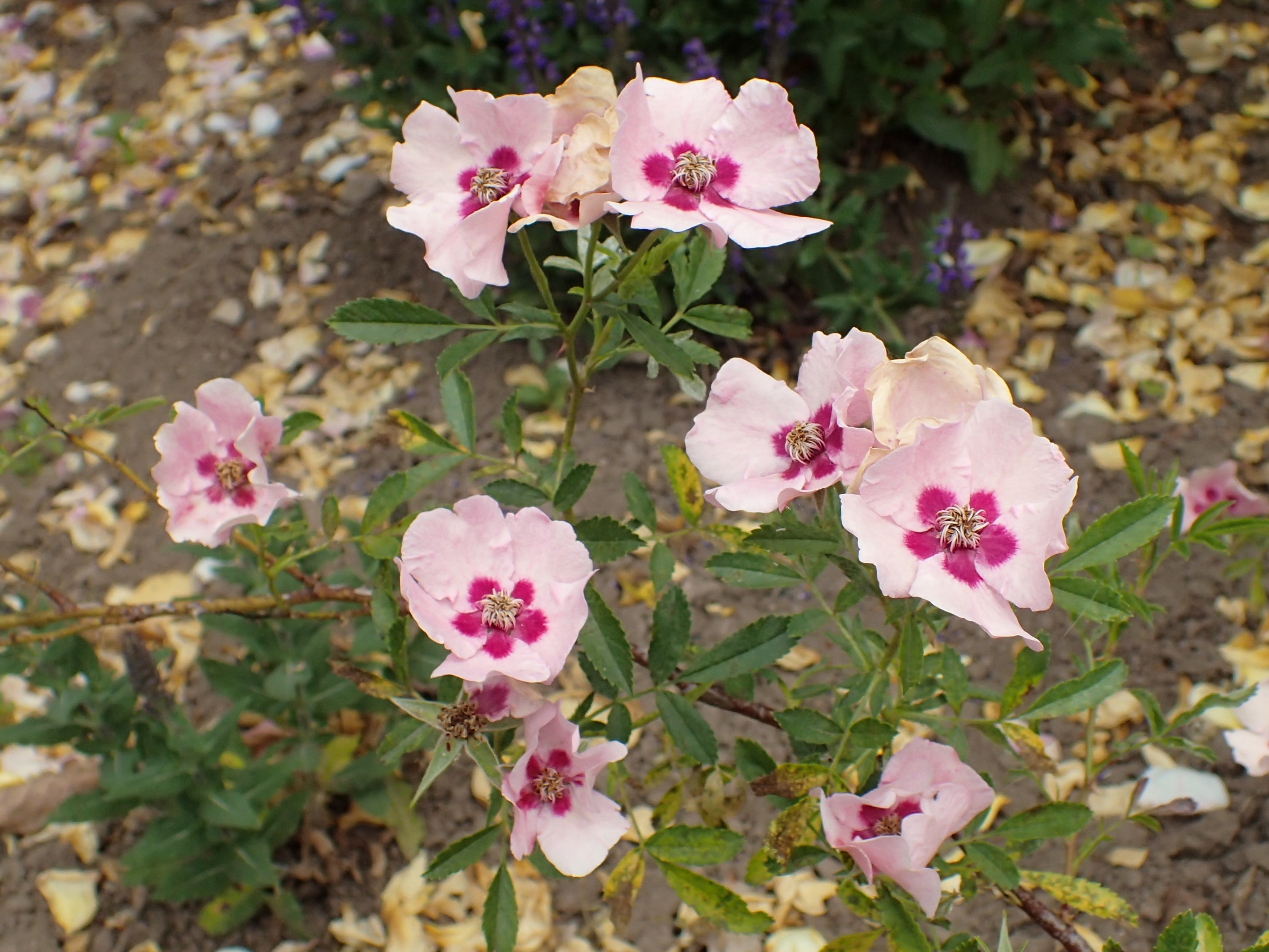
‘Euphrates’, Harkness, 1986
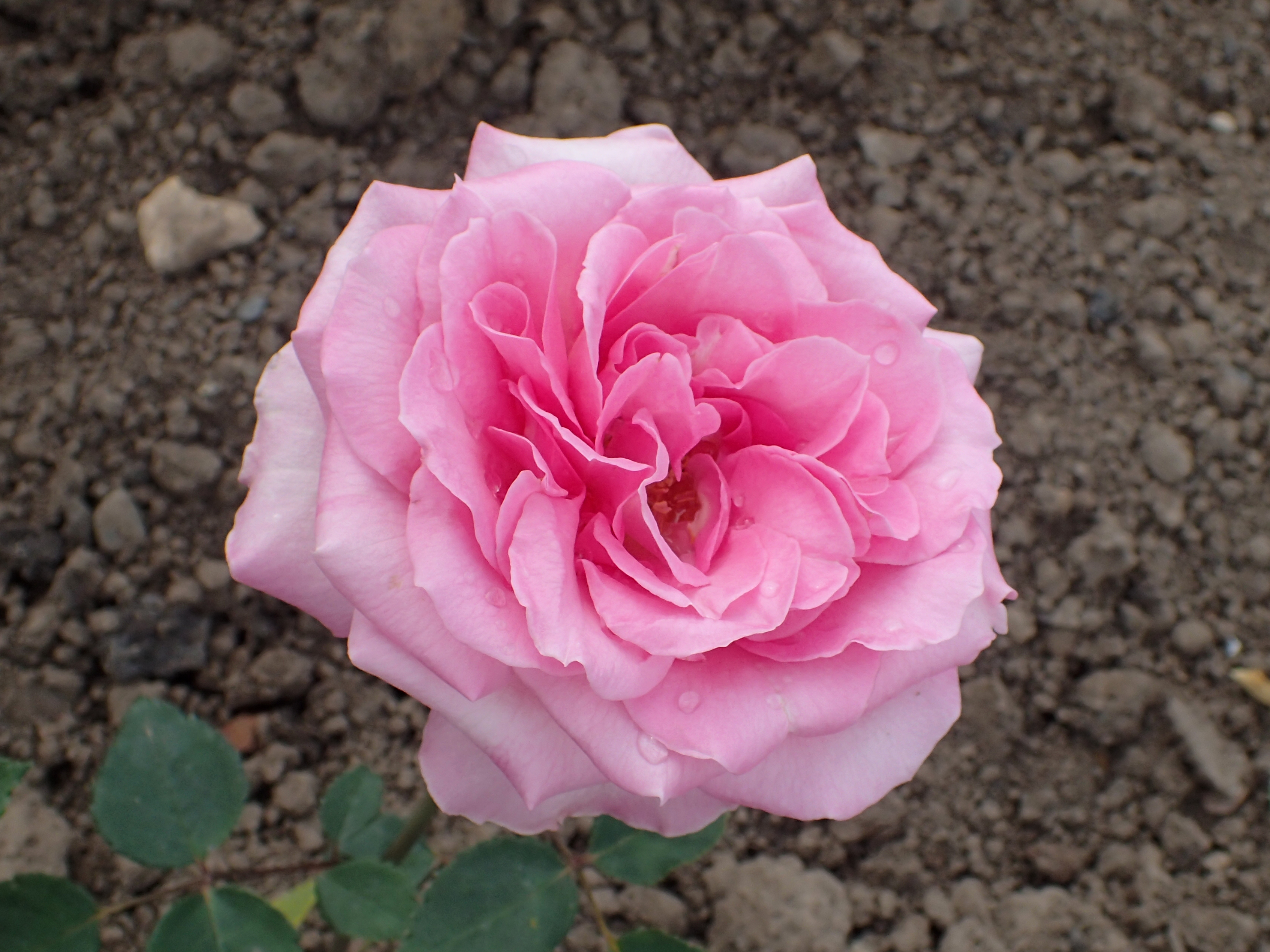
‘Europa’, Keessen, 1928
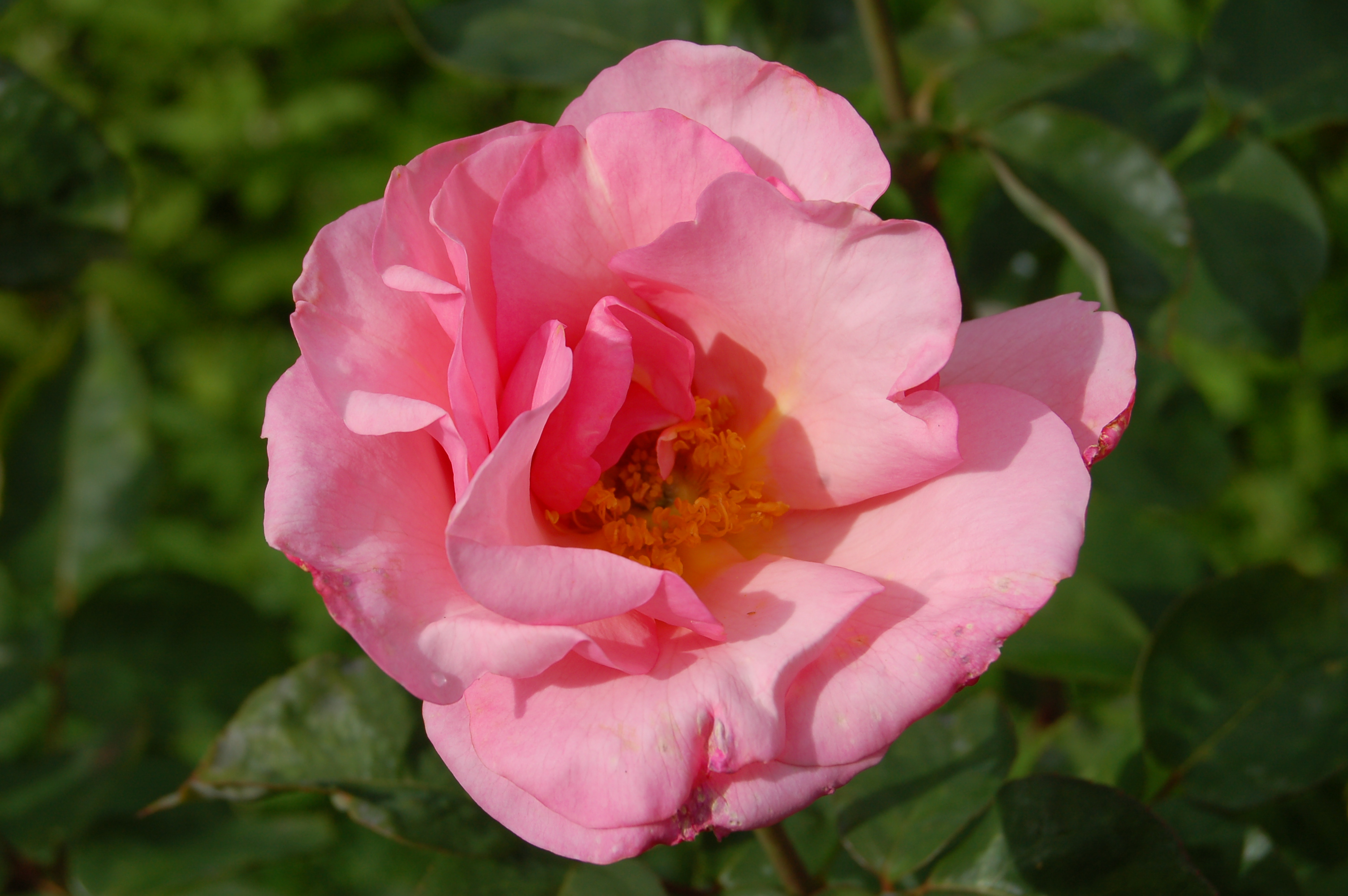
‘Europawelle Saar’, Meilland, 1985
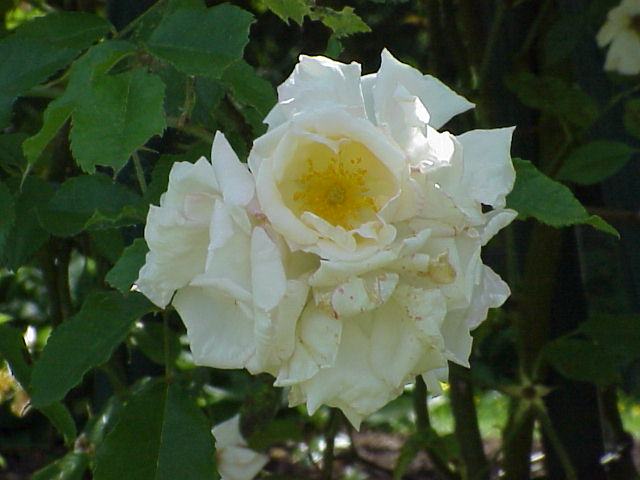
‘Euterpe’, M. Tantau jun., 1937
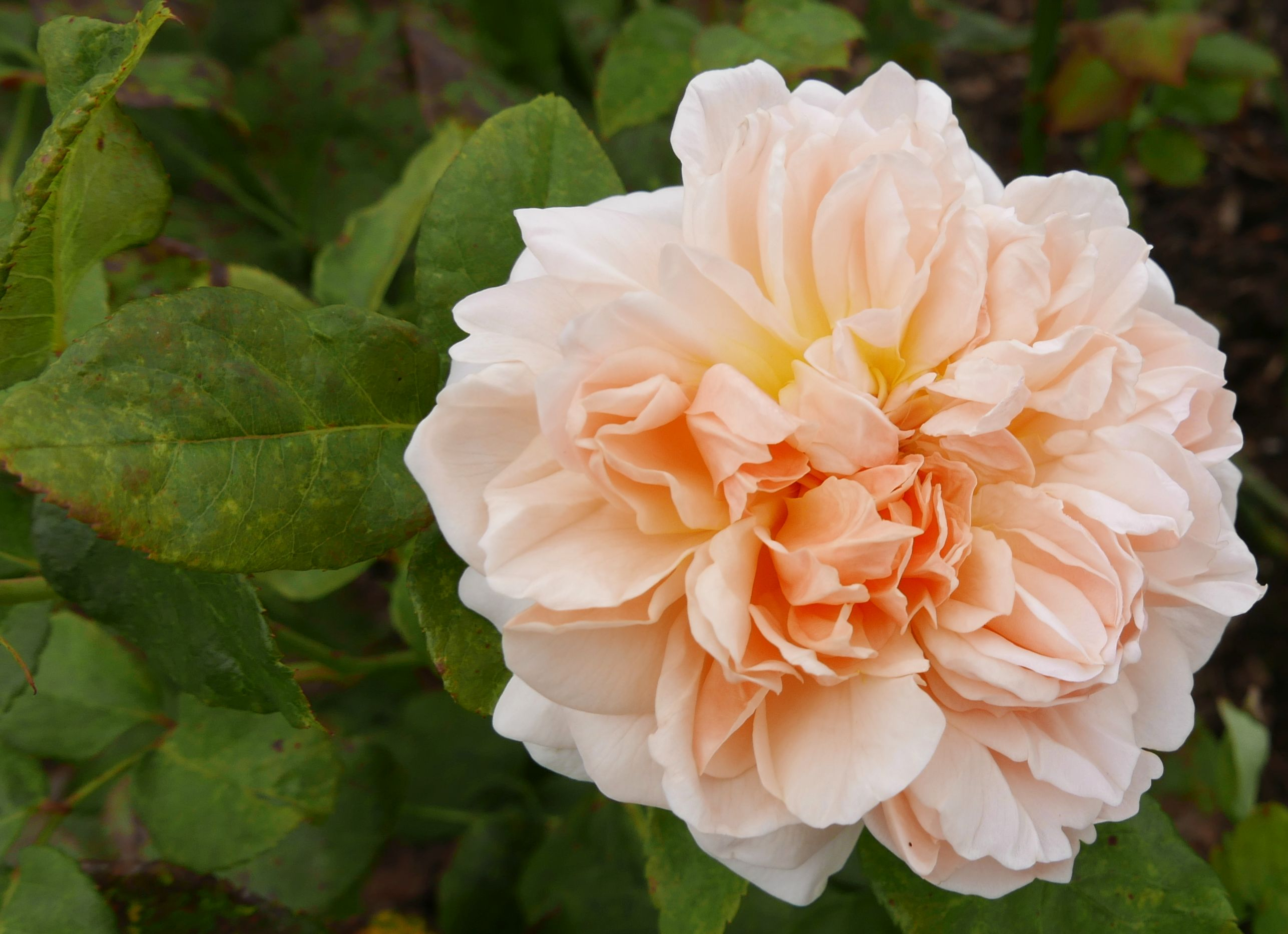
‘Evelyn’, David Austin, 1991
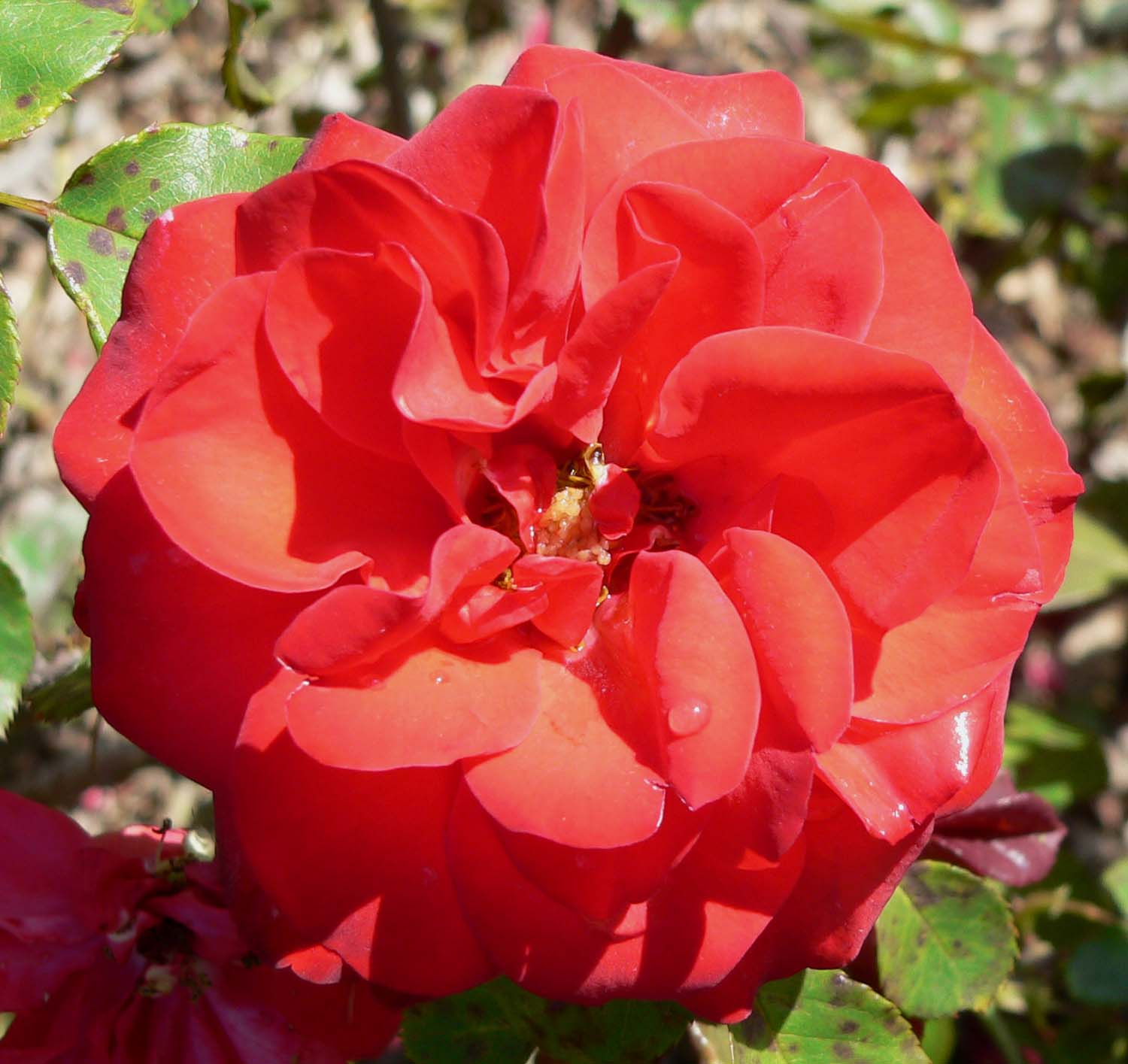
‘Evelyn Fison’, McGredy, 1962
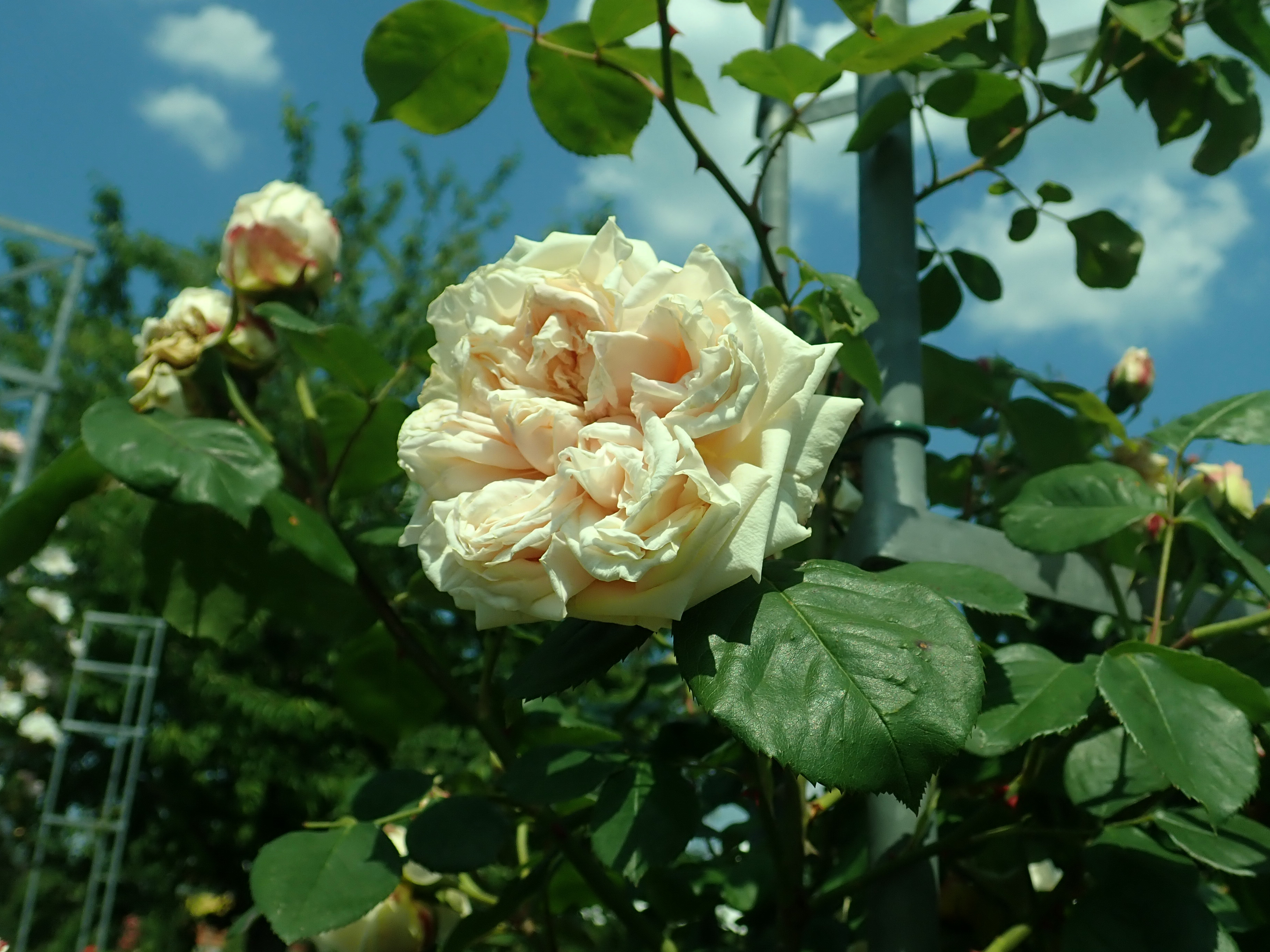
‘E. Veyrat Hermanos’, Bernaix, 1895
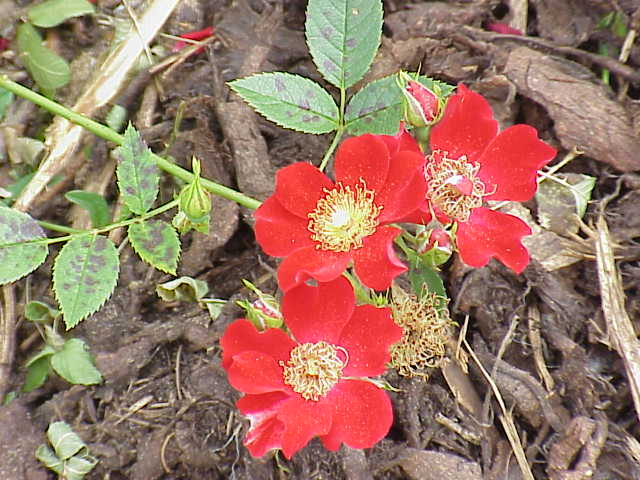
‘Eye Appeal’, Interplant, 1991
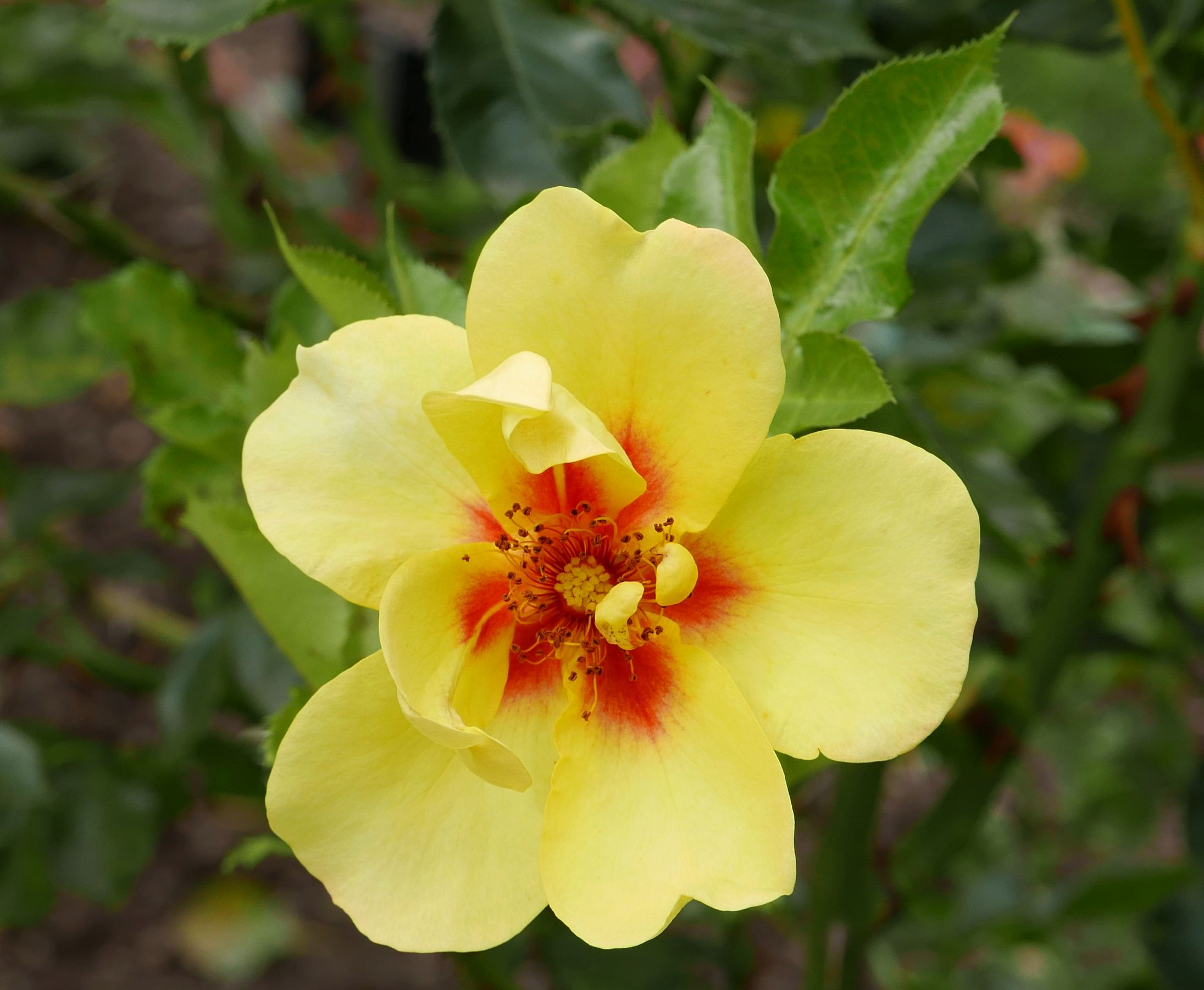
‘Eyeconic Lemonade’, Sproul, 2011
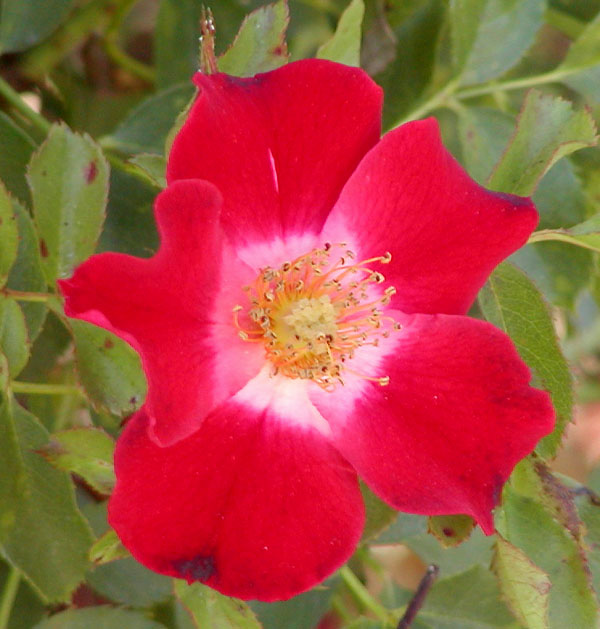
‘Eyepaint’, McGredy, 1976
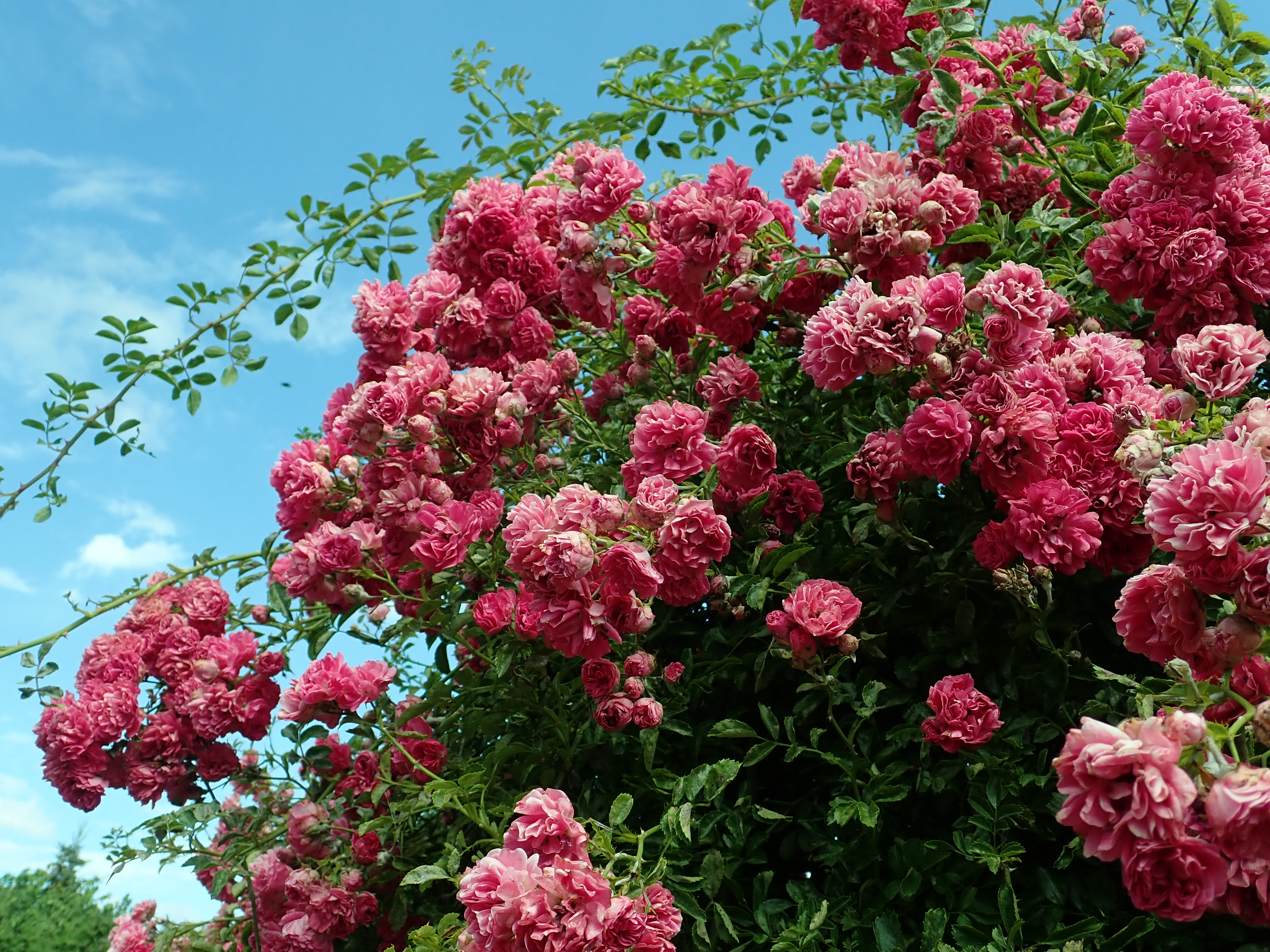
‘Excelsa’ (oder ‘Red Dorothy Perkins’), Michael H. Walsh, 1908
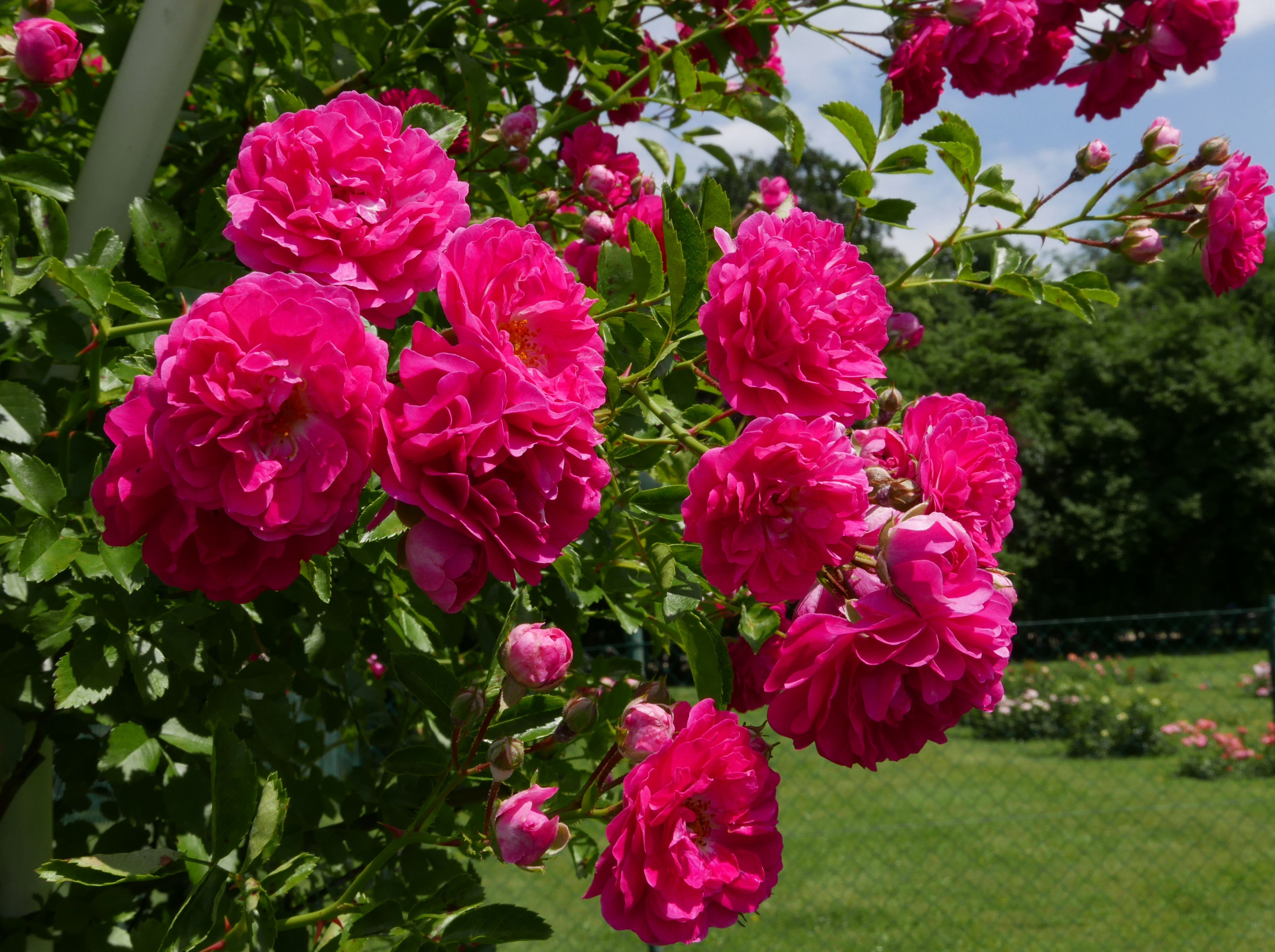
‘Excelsior’, Léon Houry, 1913

## F

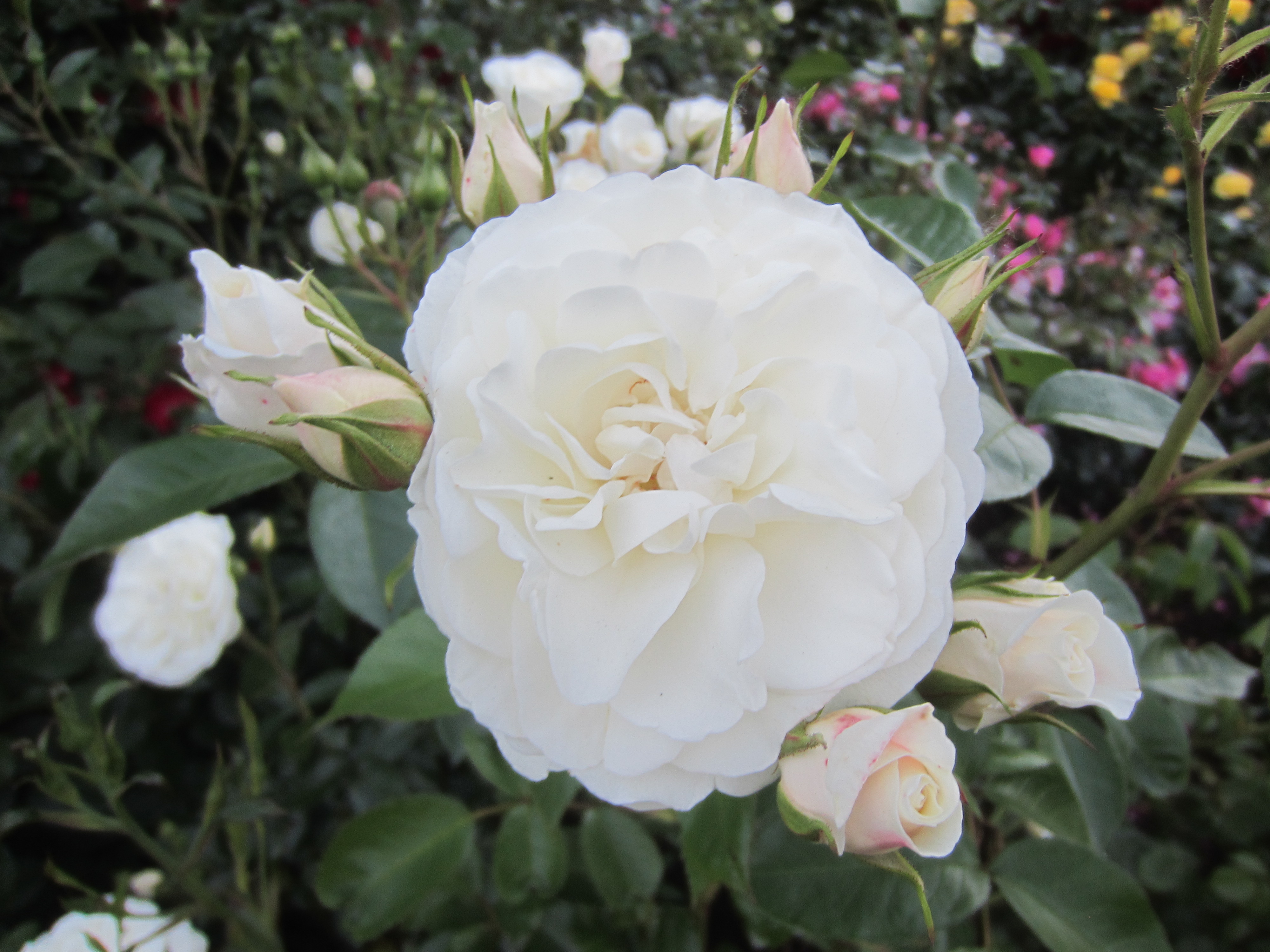
‘Fabulous’, Keith W. Zary, 1998
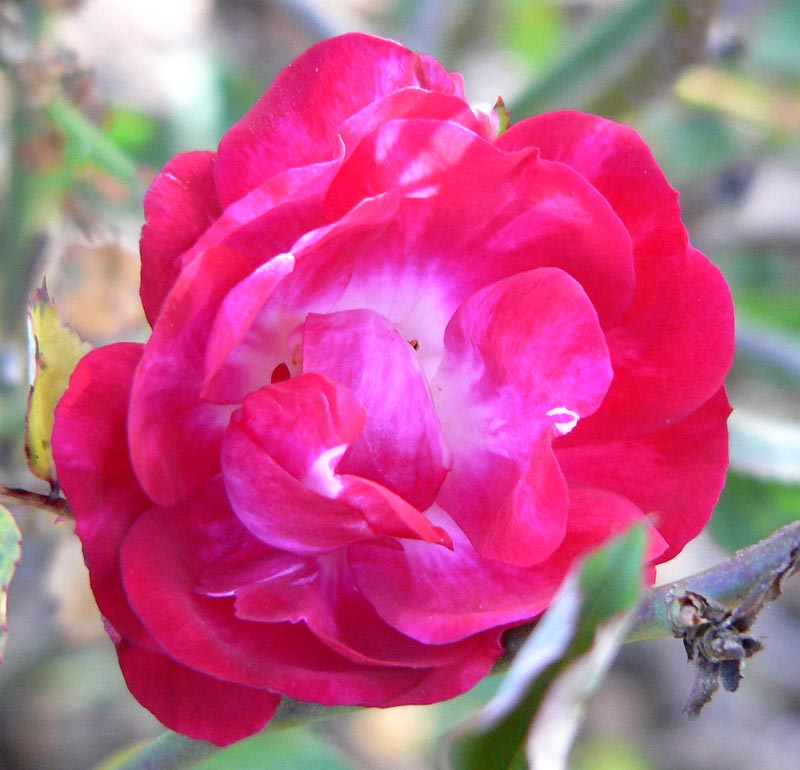
‘Fabvier’, Laffay, 1832
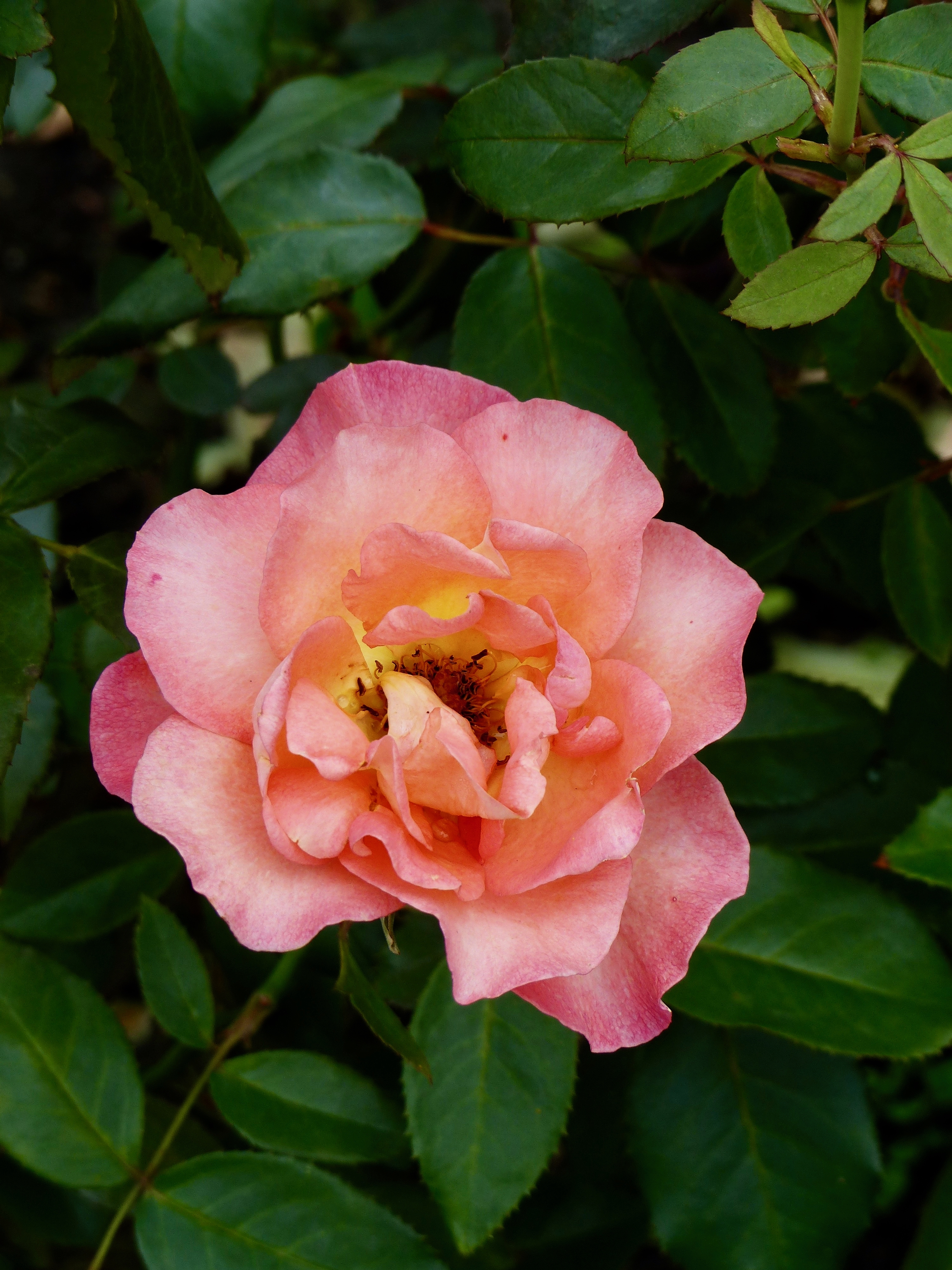
‘Fairest Cape’, Kordes, 1994
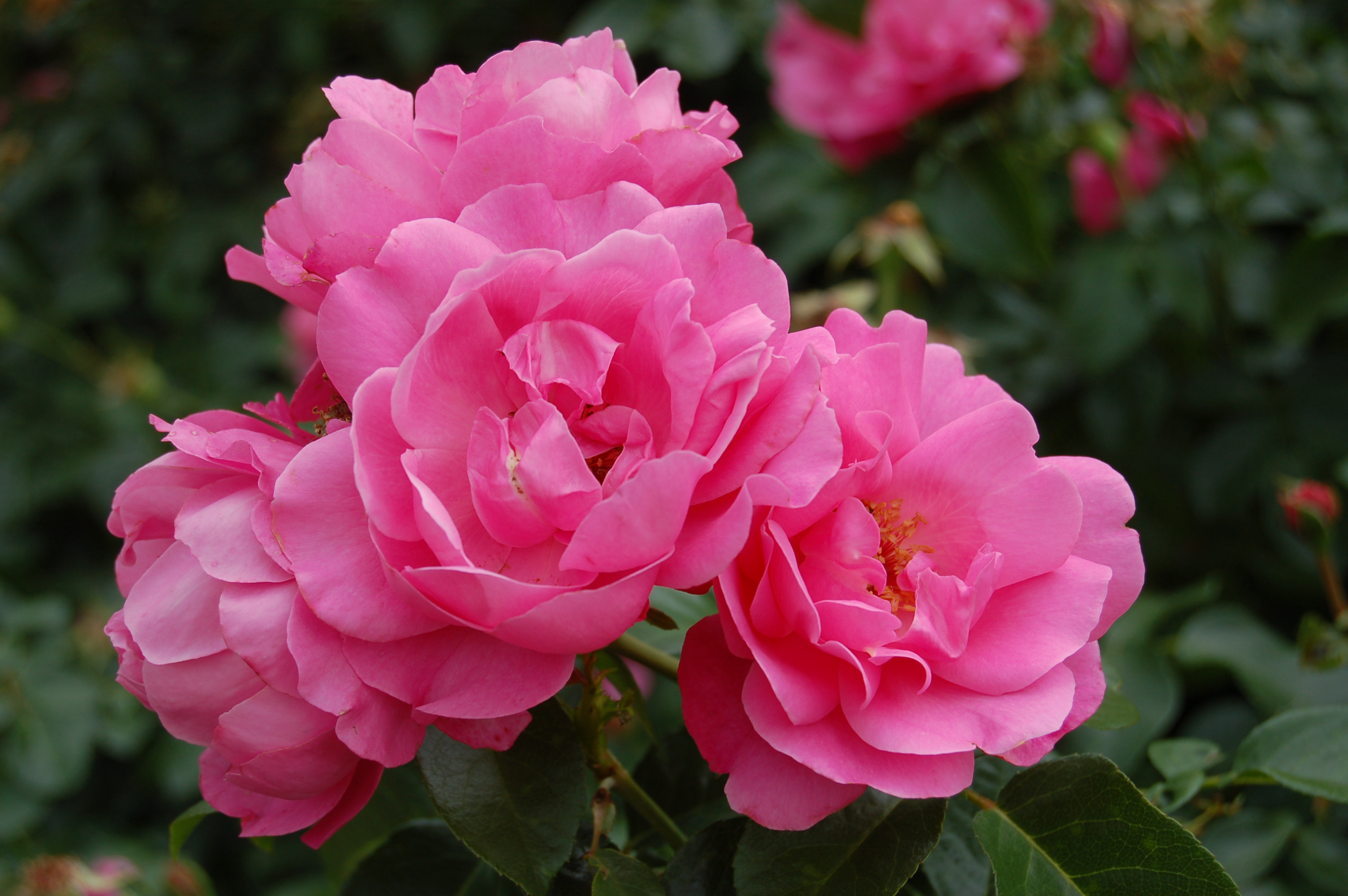
‘Fair Play’, Ilsink, 1982
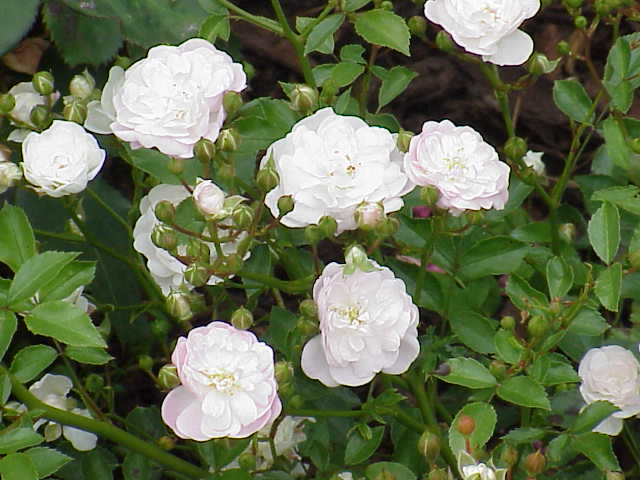
‘Fairy Crystal’, Harkness, 1988
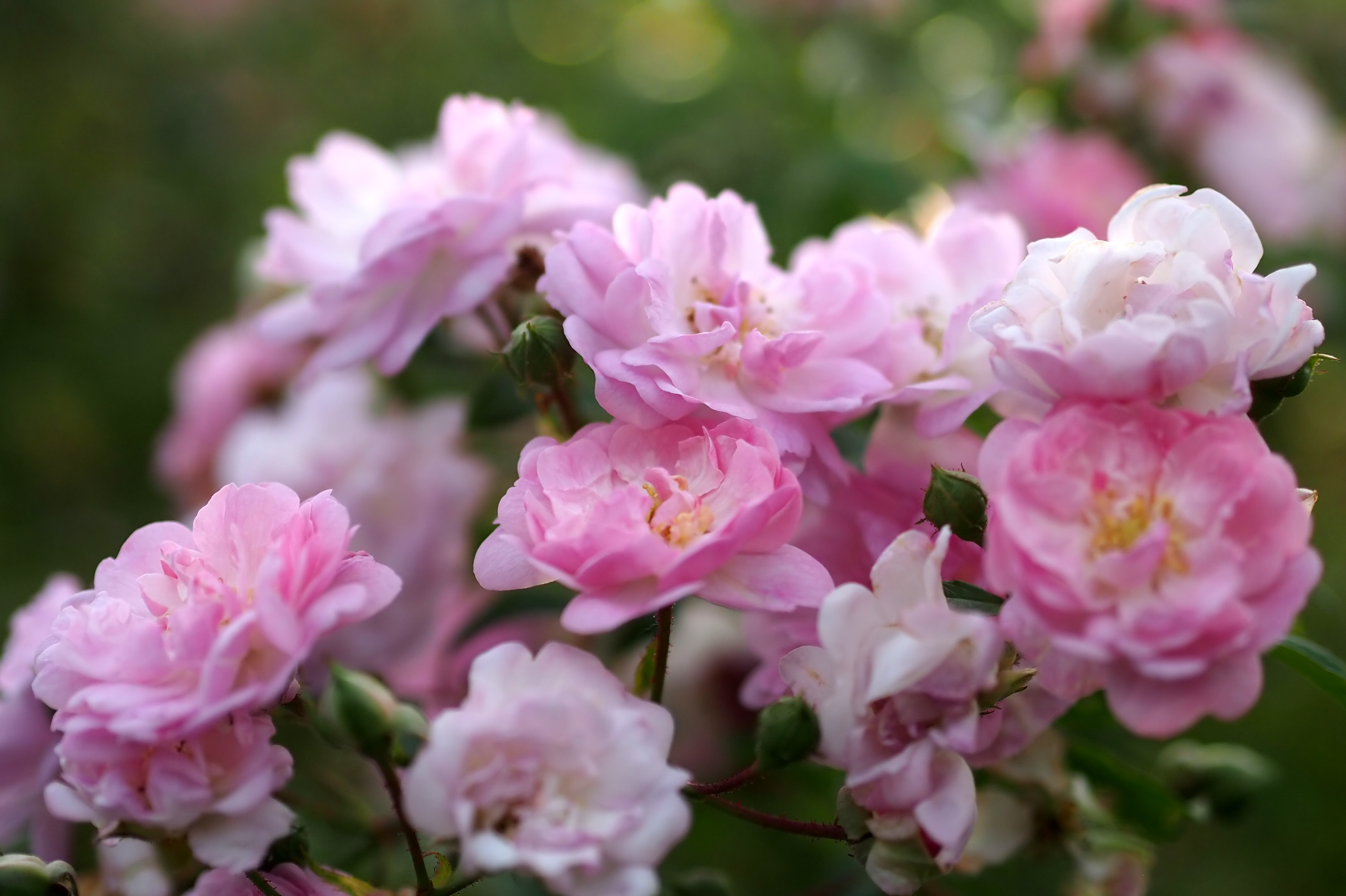
‘Fairyland’, Harkness, 1978
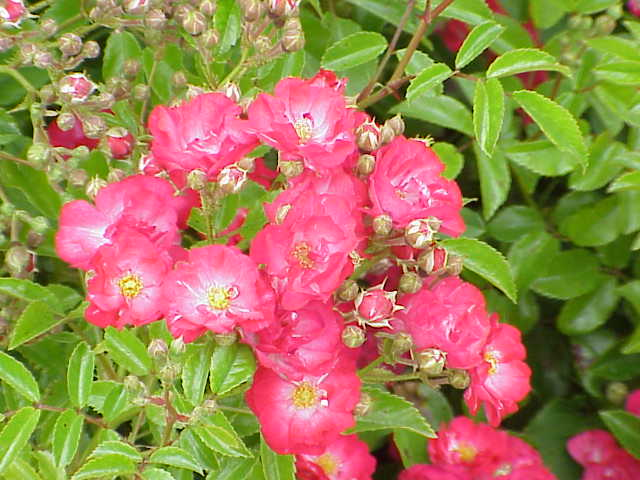
‘Fairy Prince’, Harkness, 1982
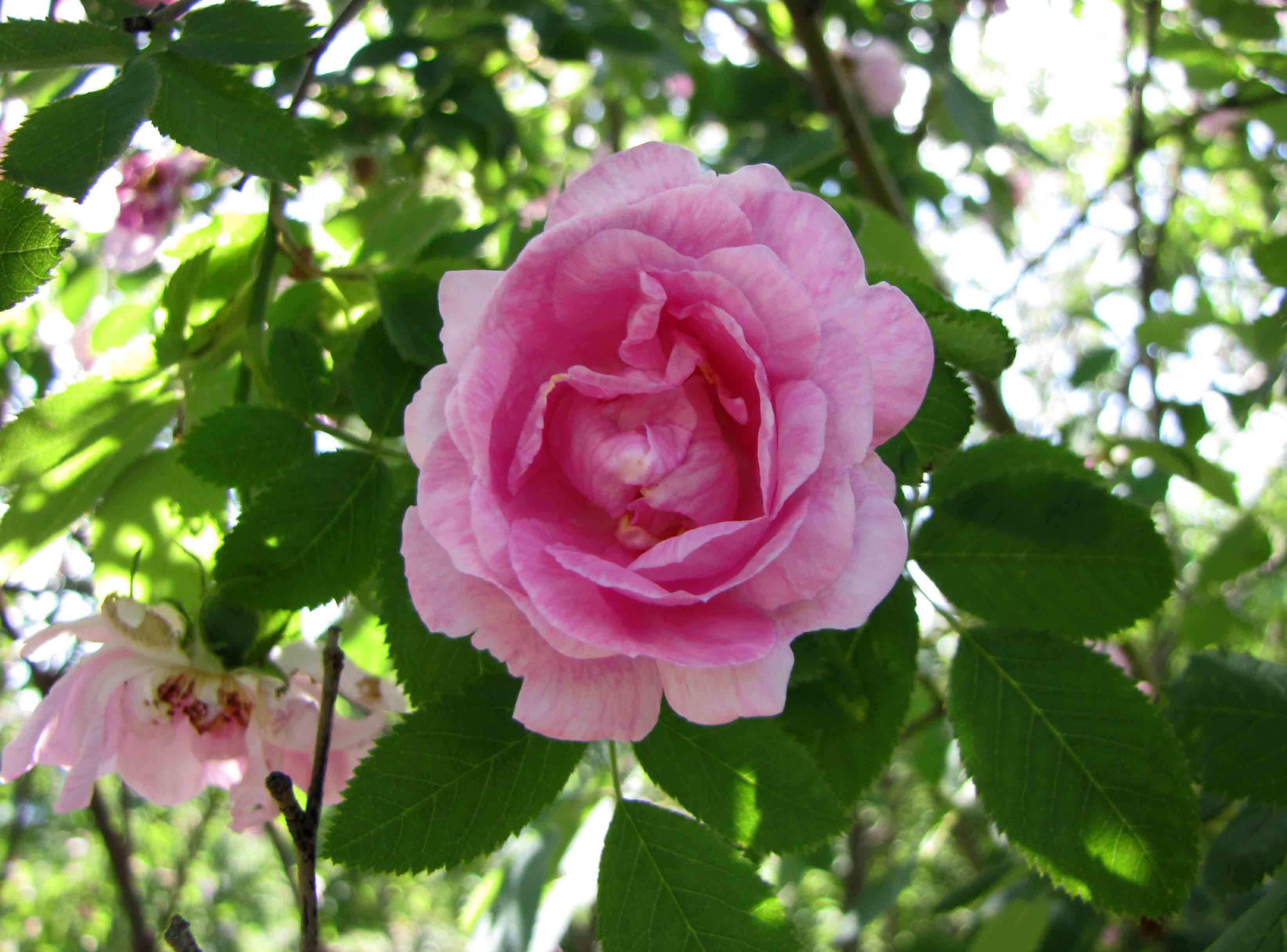
‘Fairy Queen’, J. Benjamin Williams, 1971
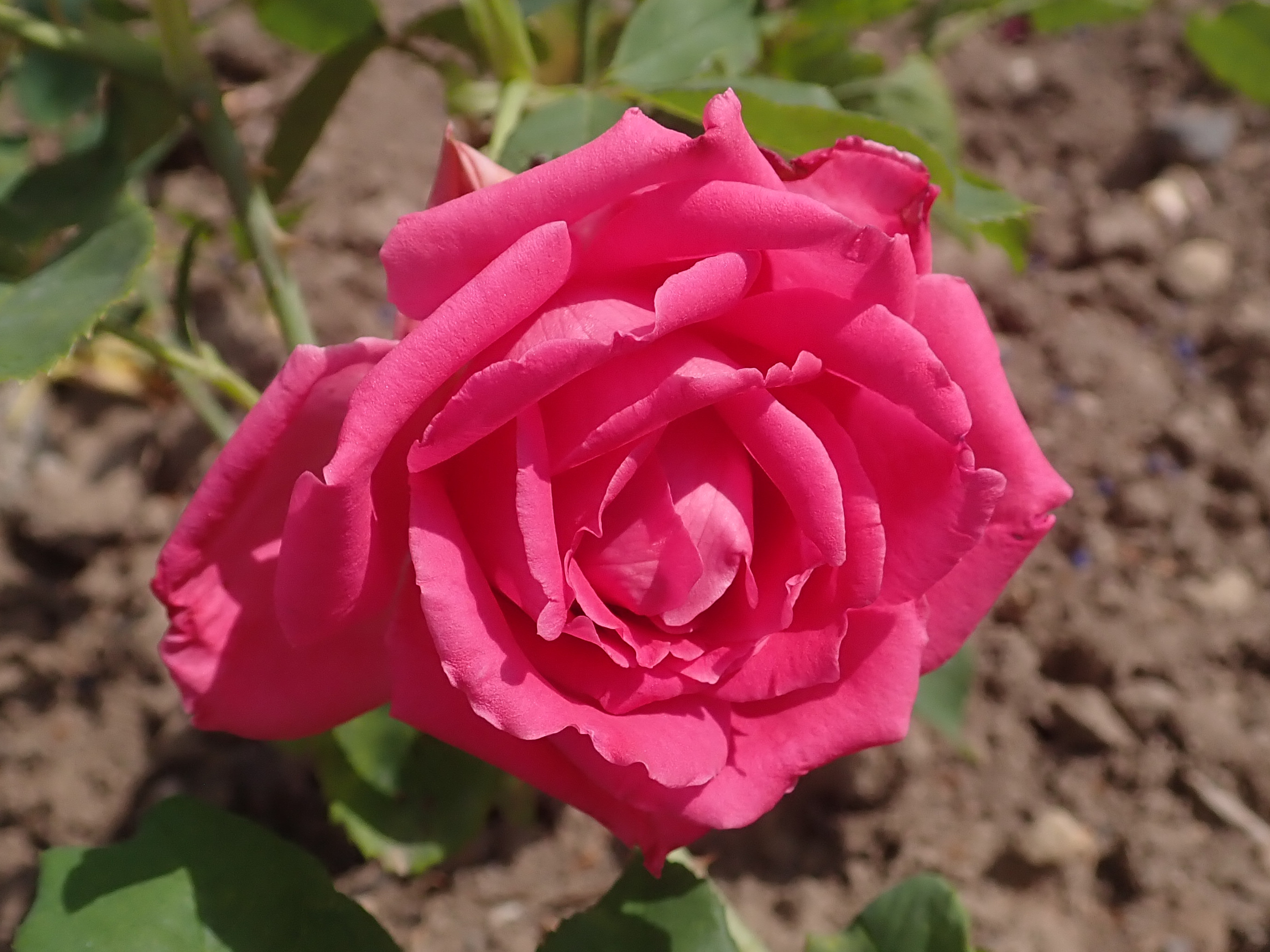
‘Falbalas’, Gaujard, 1947
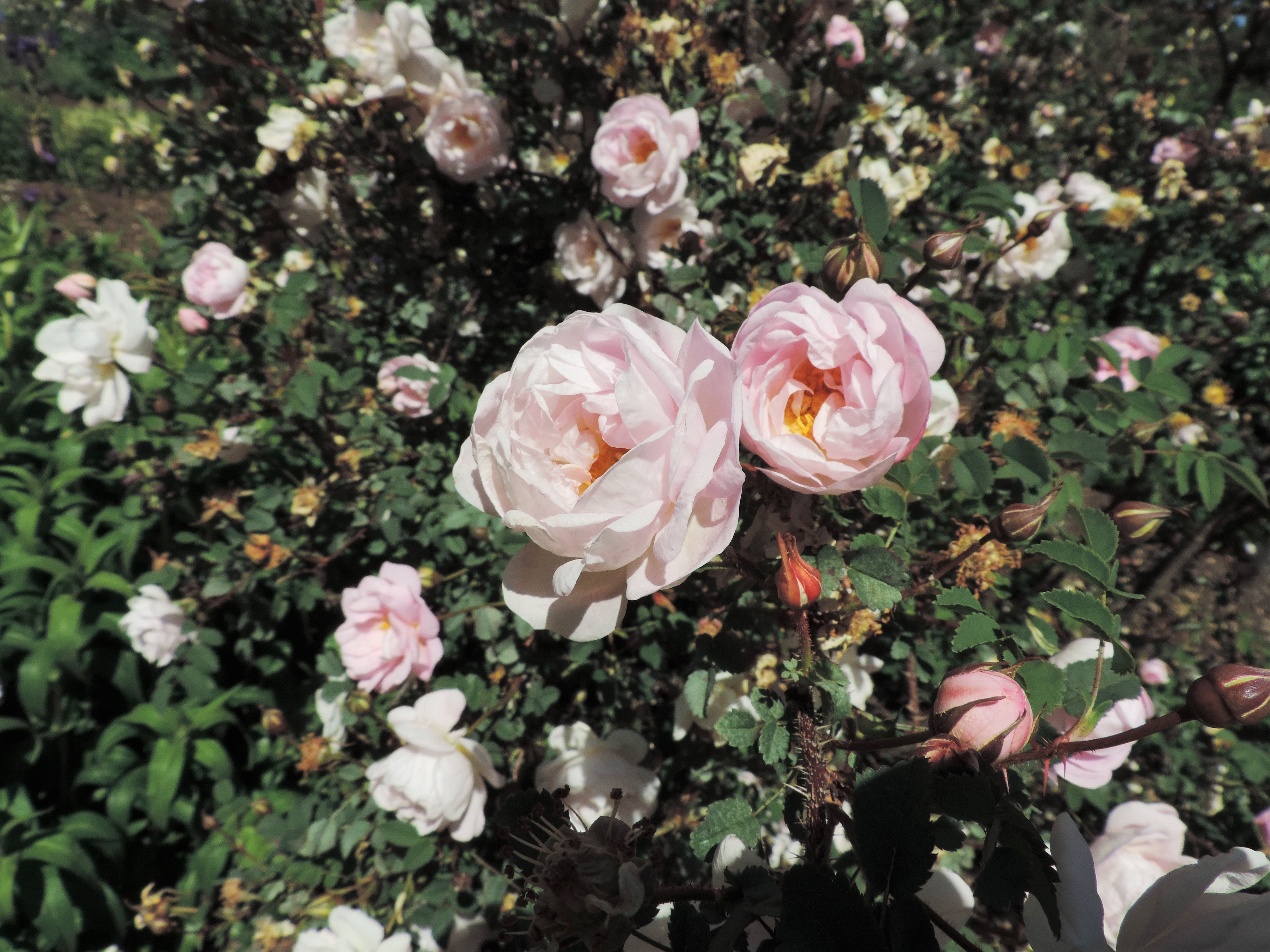
‘Falkland’, vor 1820
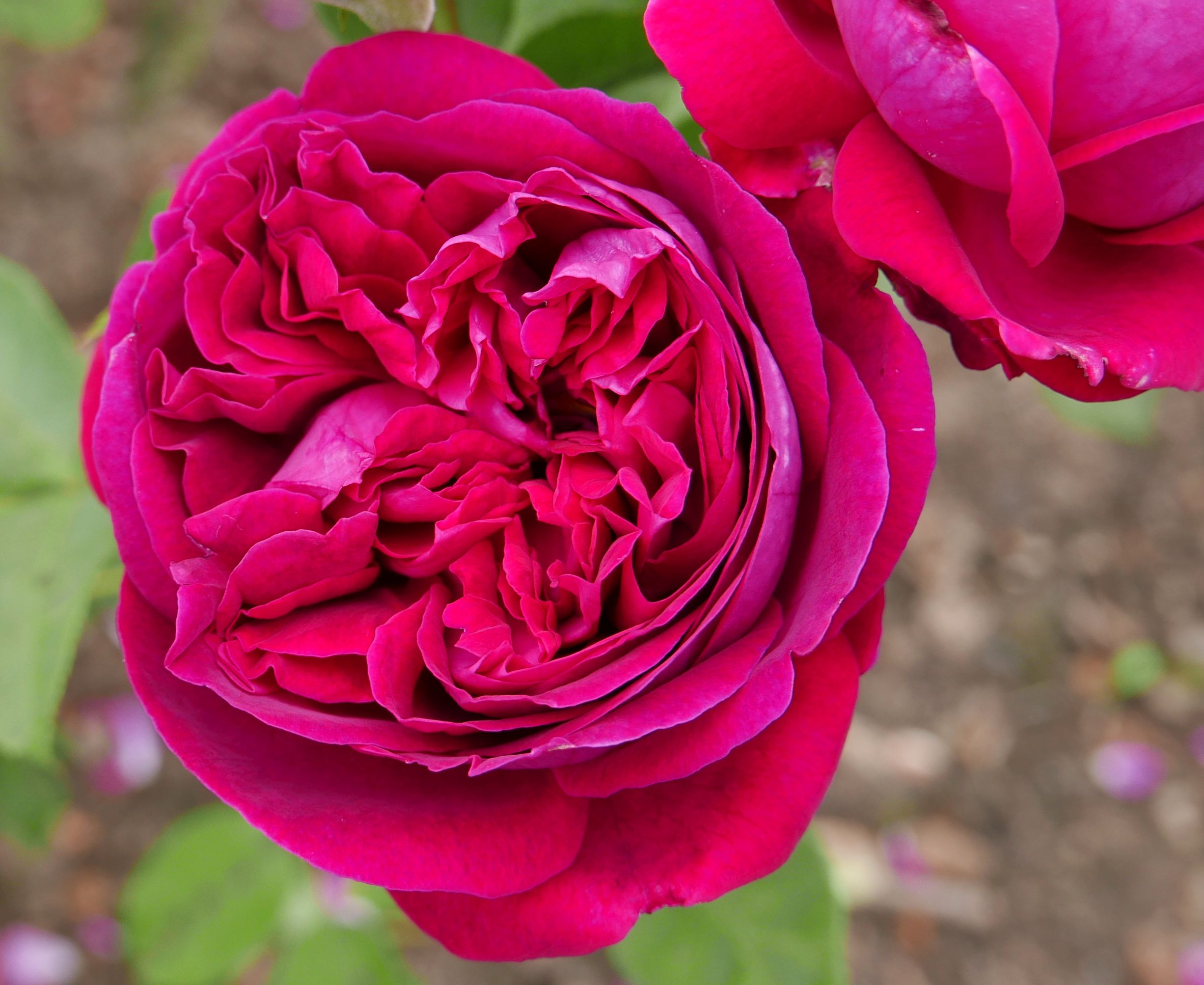
‘Falstaff’, Austin, 1999
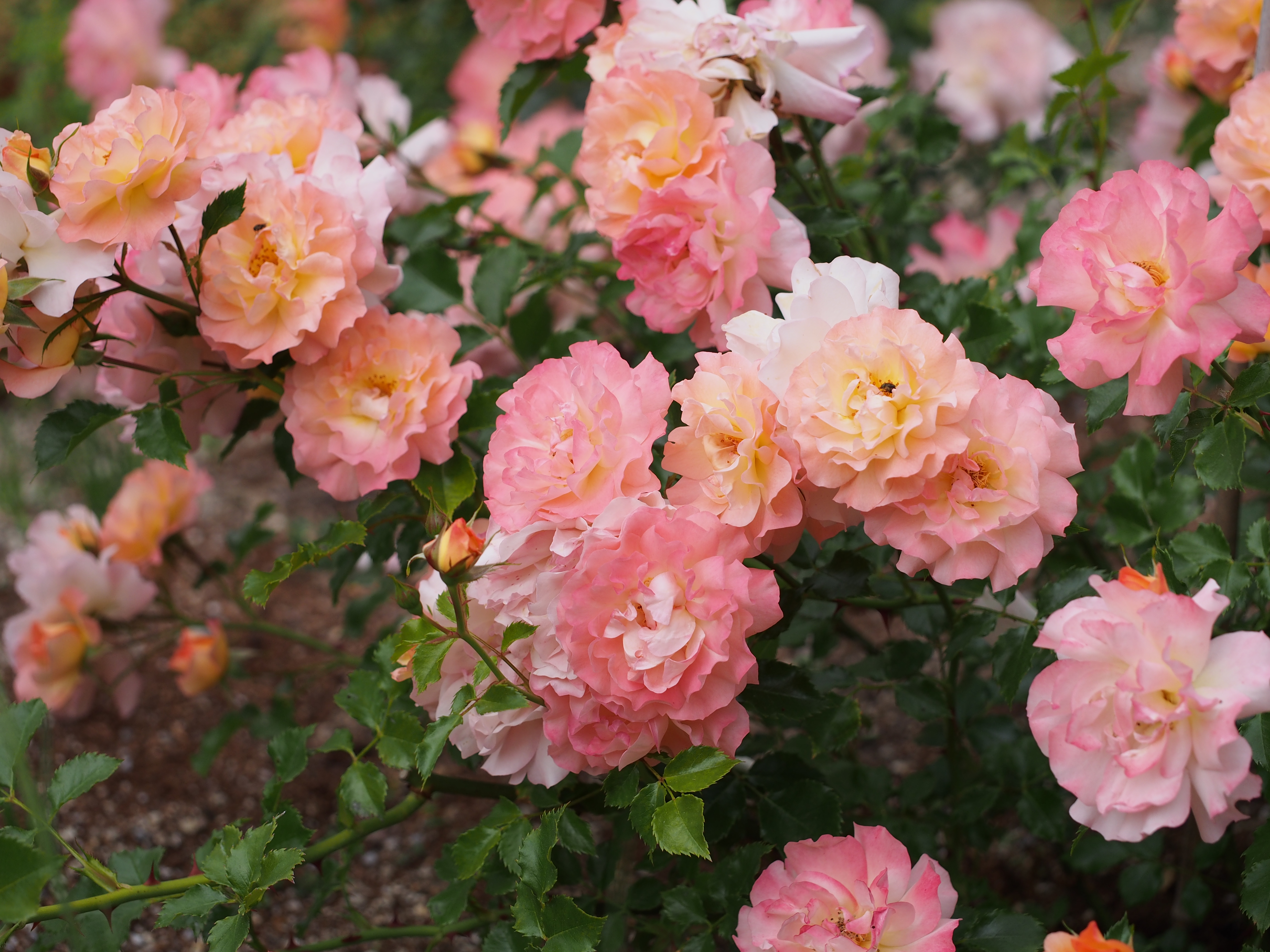
‘Famy’, Teizō Yoshiike, 2004
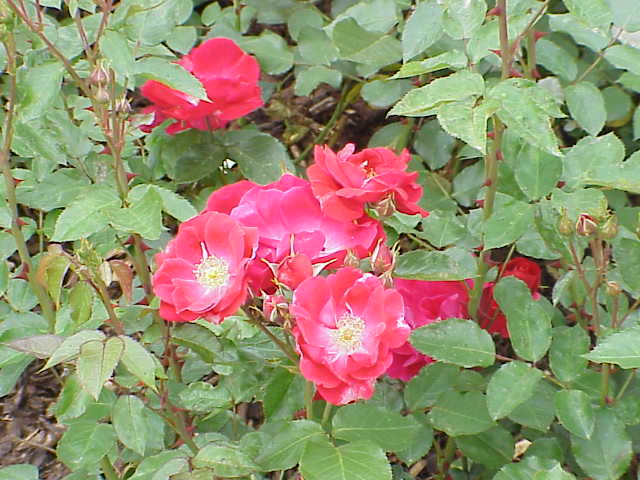
‘Fanal’, M. Tantau jun., 1946
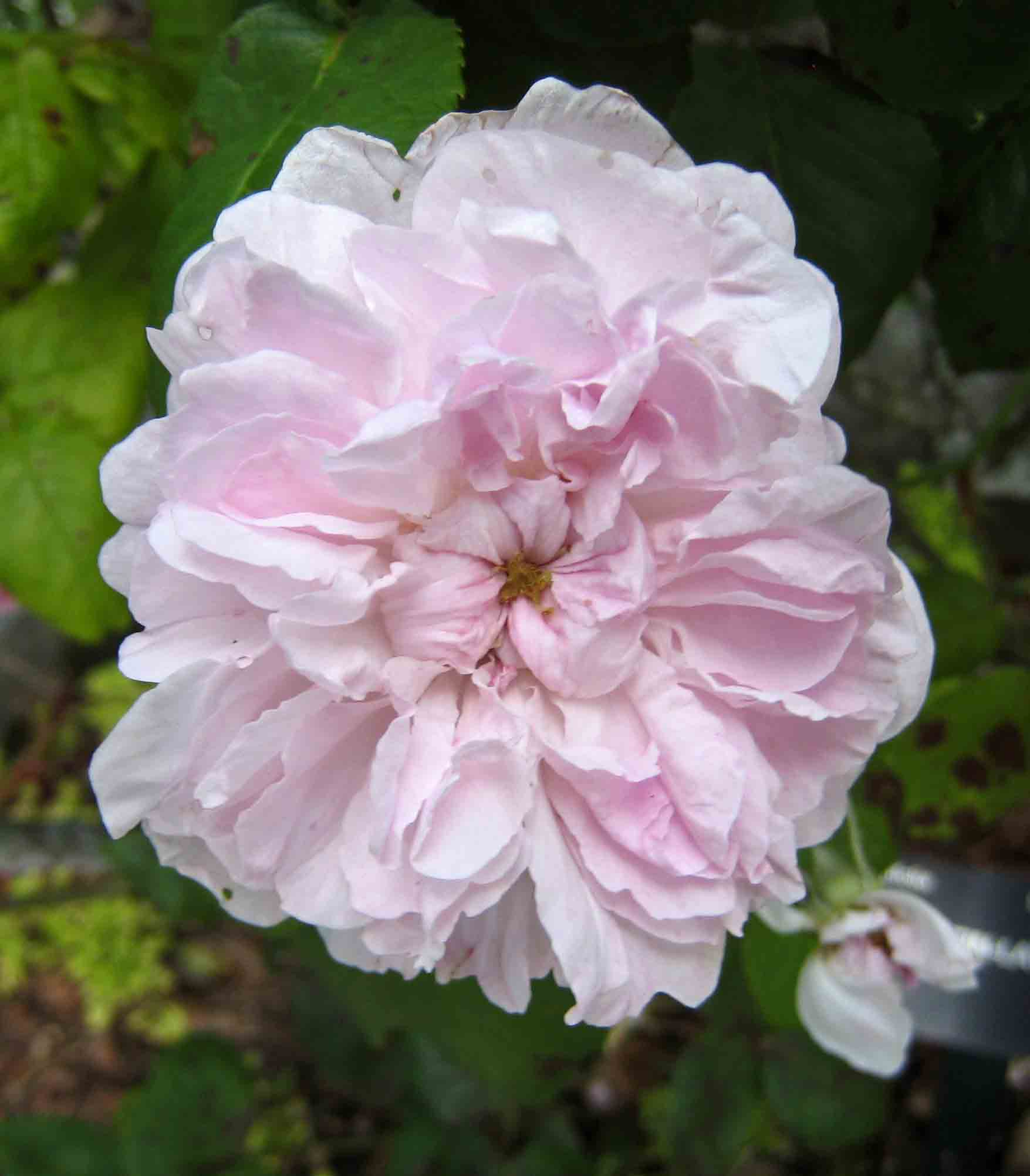
‘Fantin-Latour’, Bunyard, vor 1938 (?)
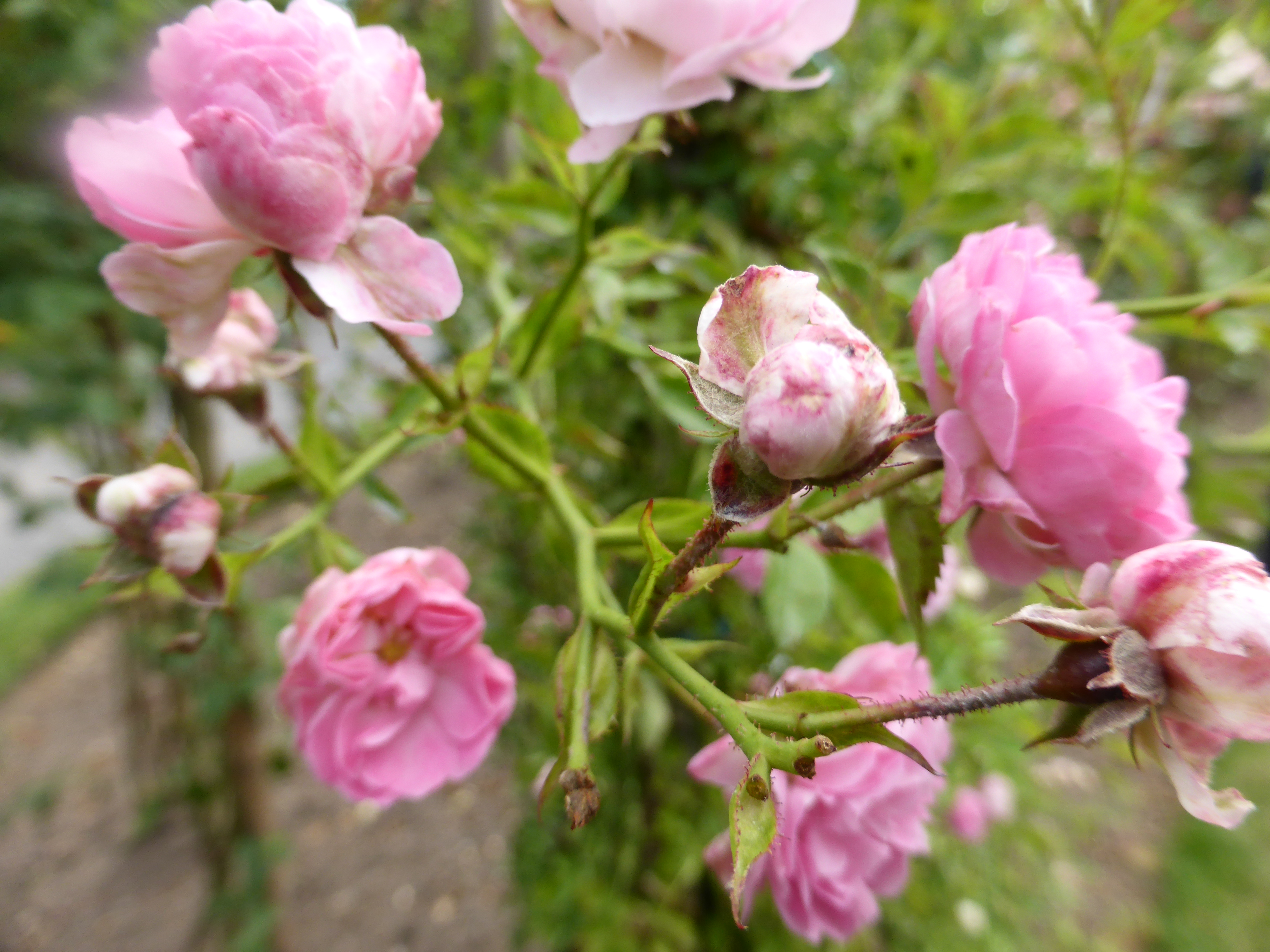
‘Farquhar’, Dawson, 1903
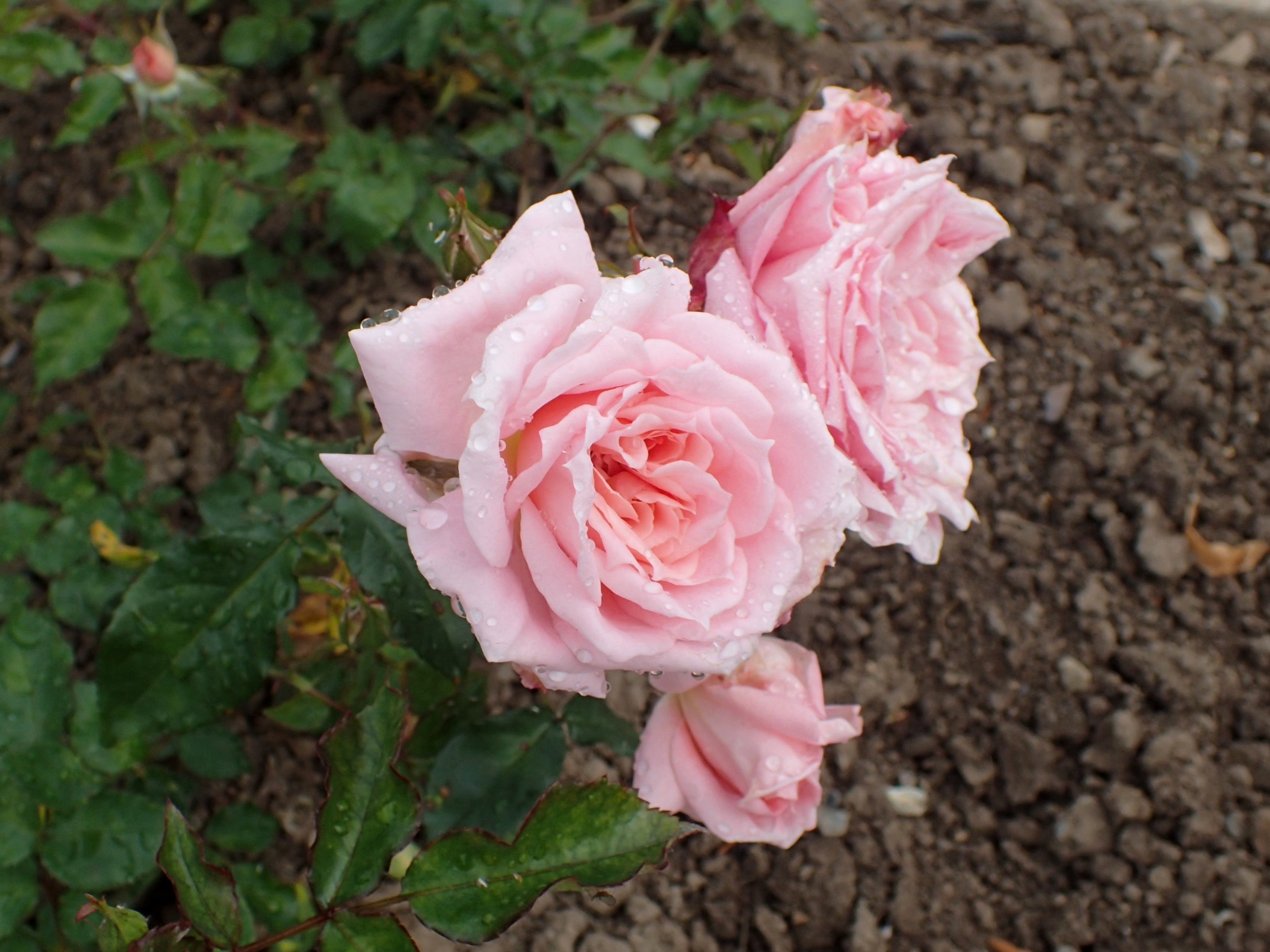
‘Fashionette’, Boerner/Jackson & Perkins, 1958
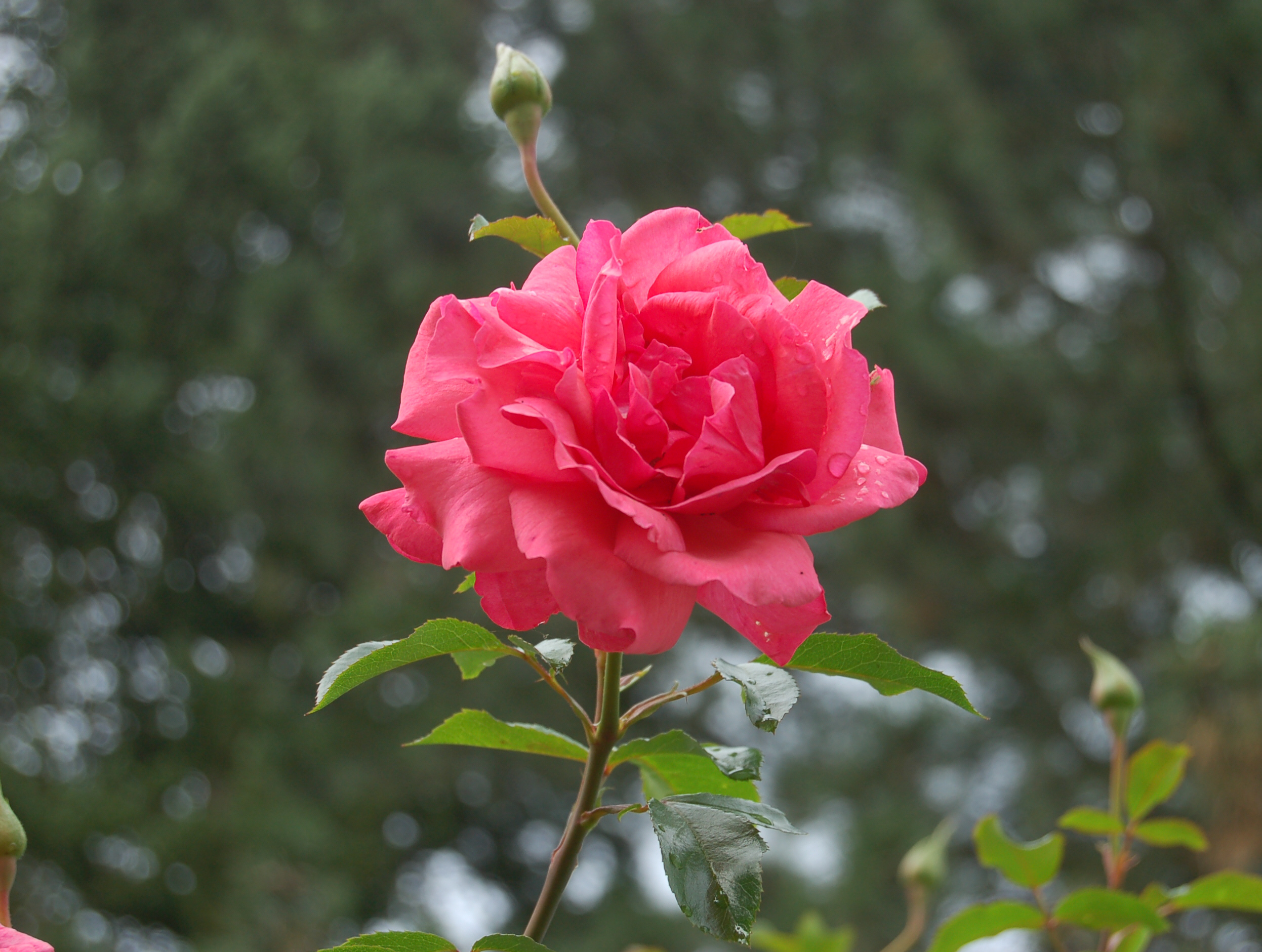
‘Fassadenzauber’, Noack, 1997
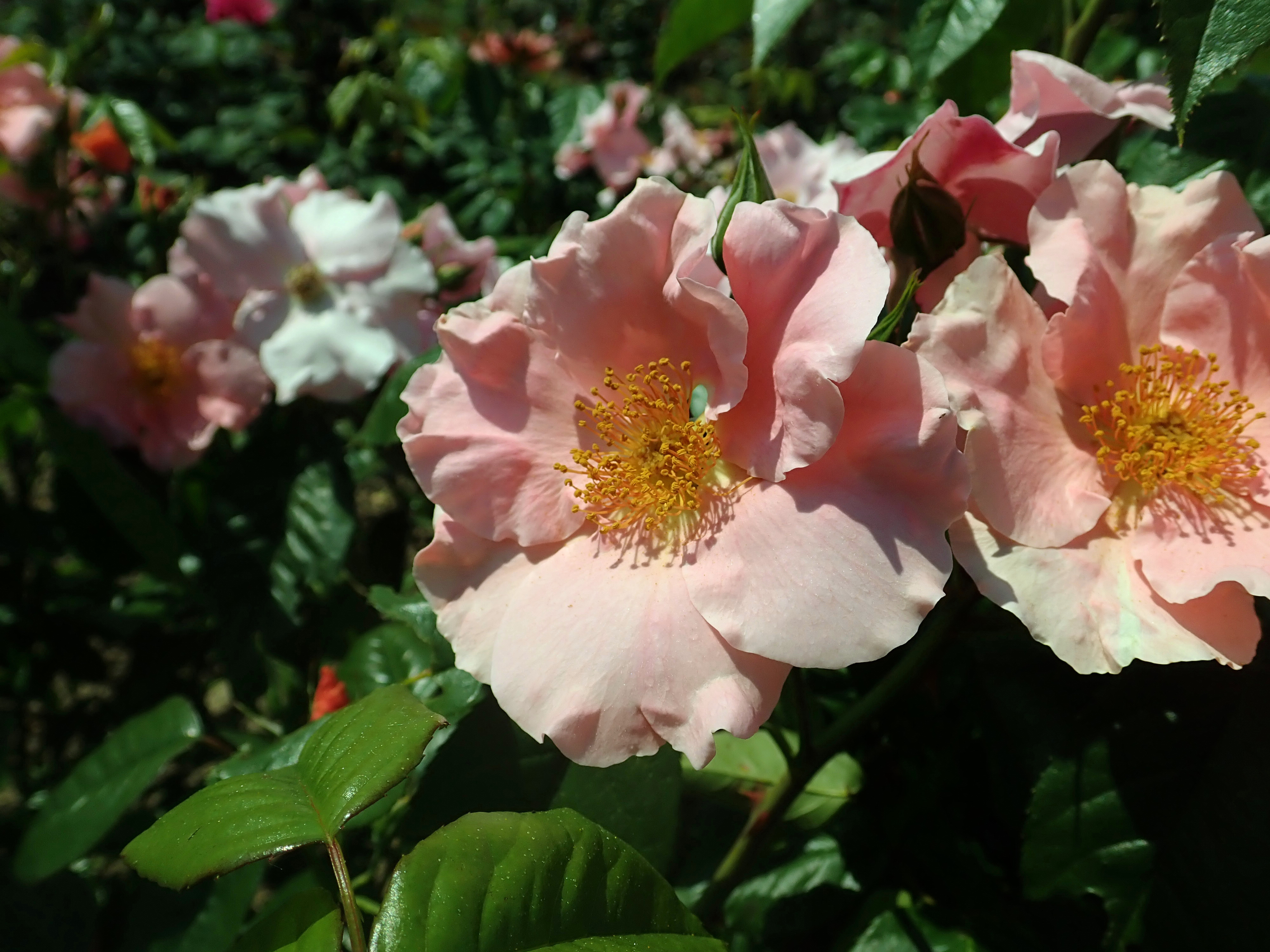
‘Fay Aladar emleke’, G. Mark, ?
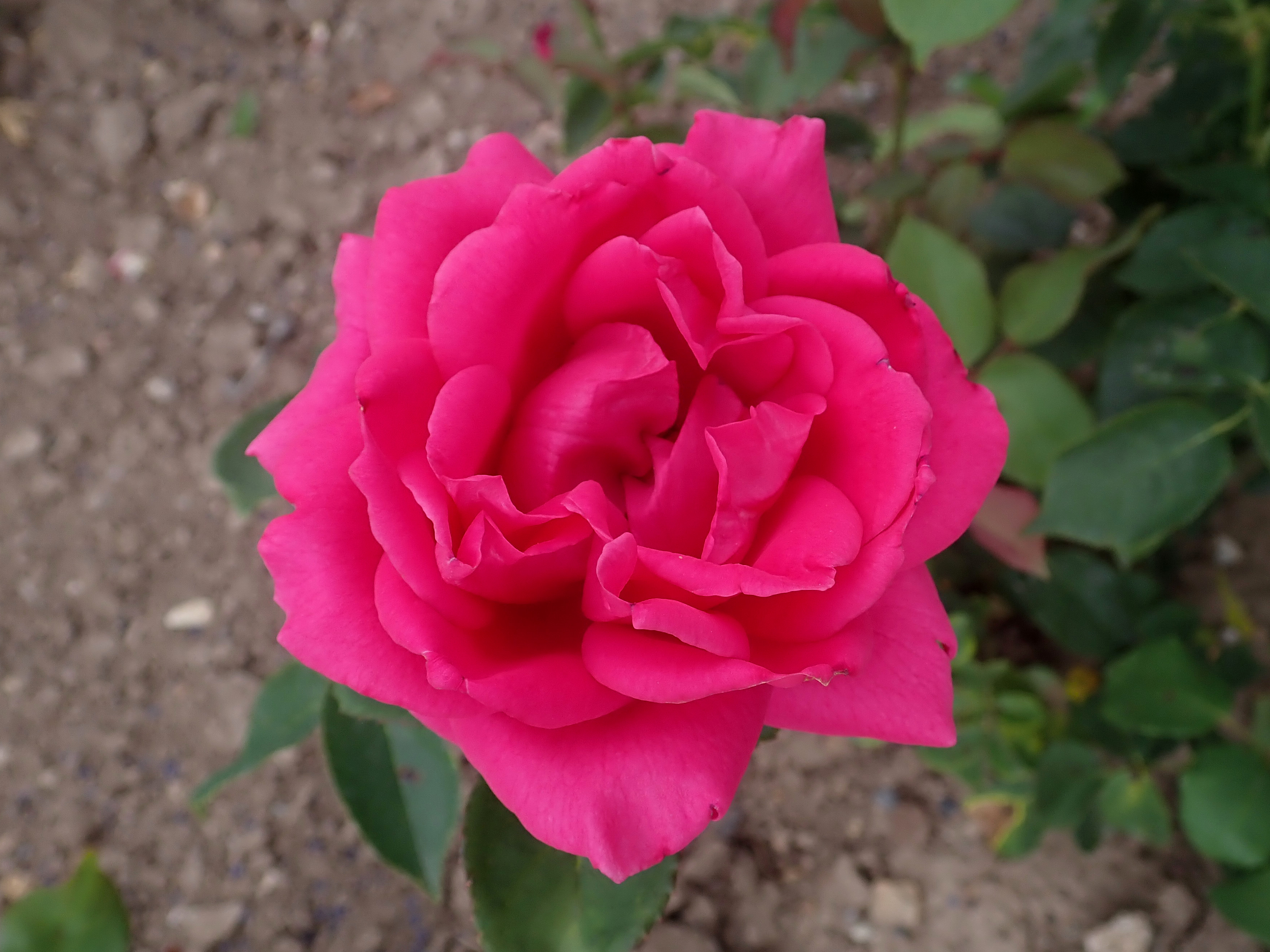
‘Fear Naught’, Harkness, 1968
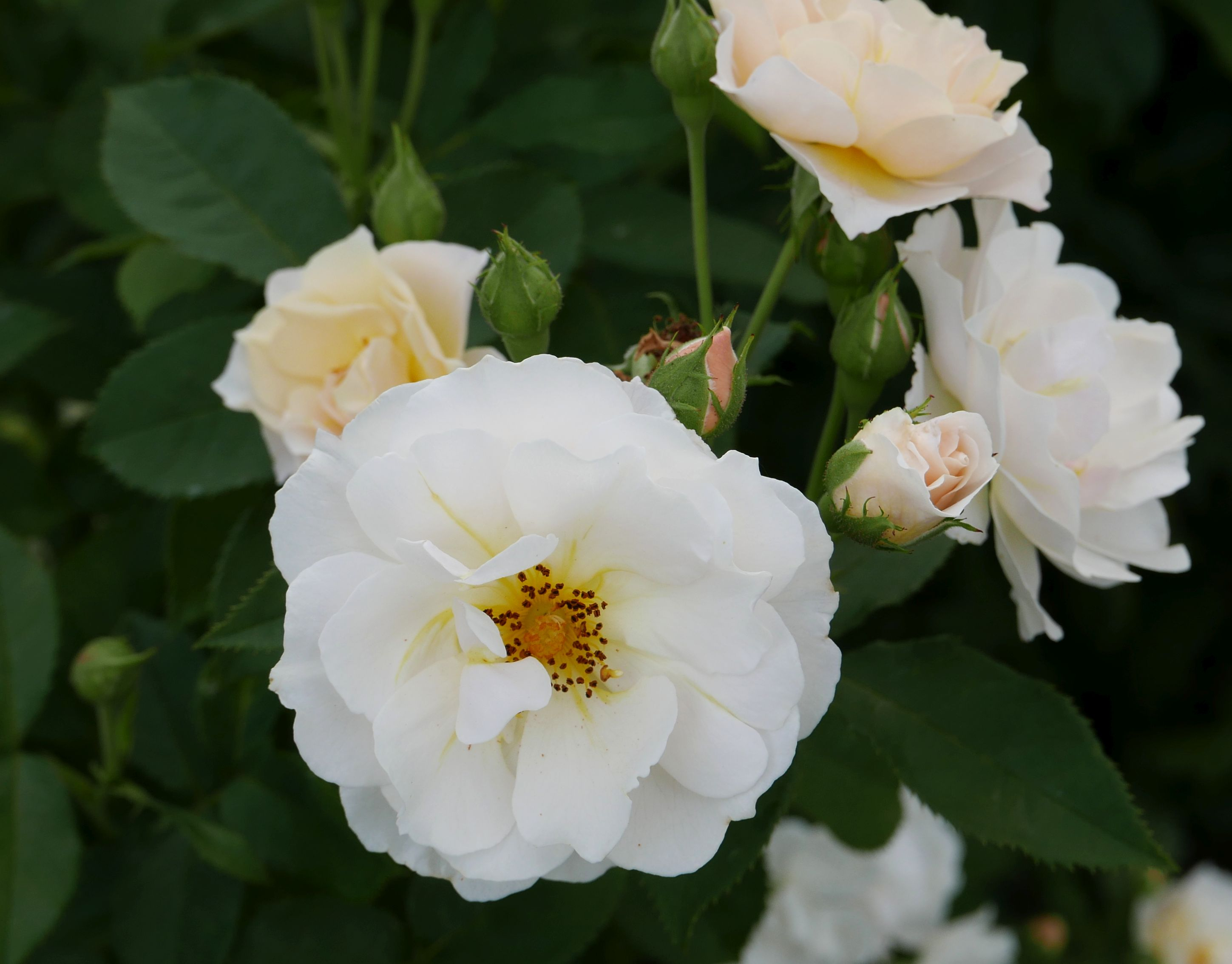
‘Feeling’, Lens, 1992
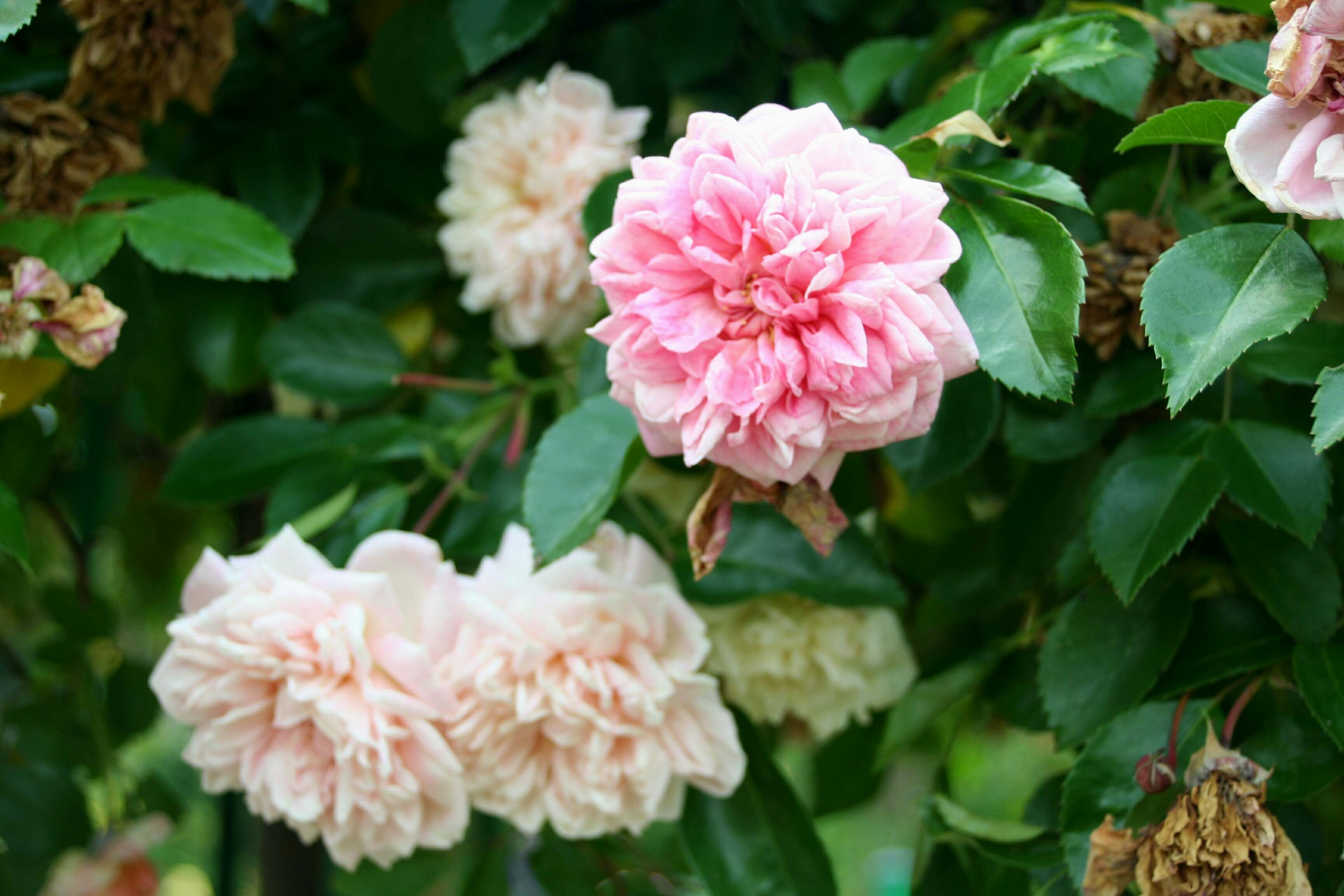
‘Féerie’, unbekannt
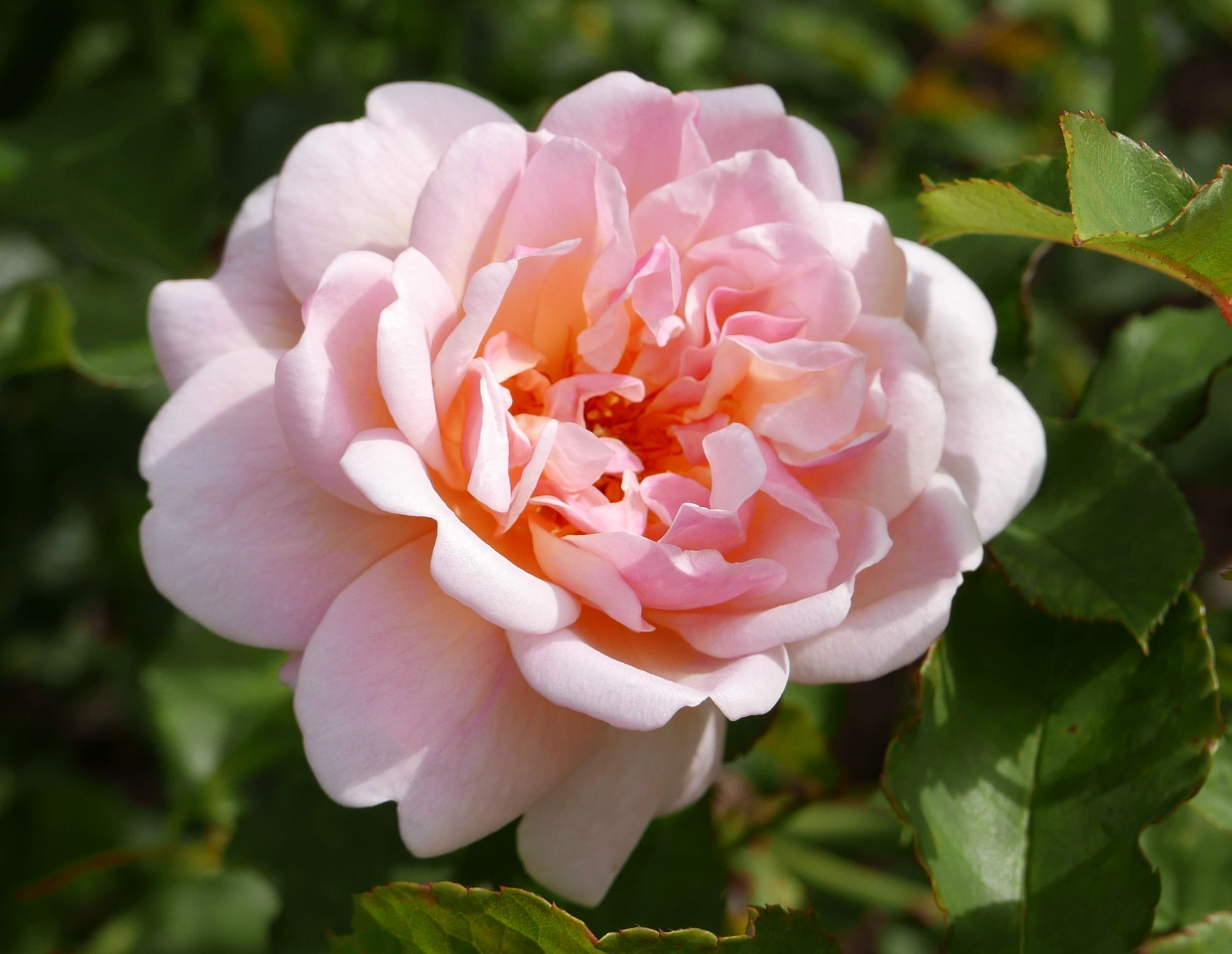
‘Felicia’, Pemberton (GB), 1928
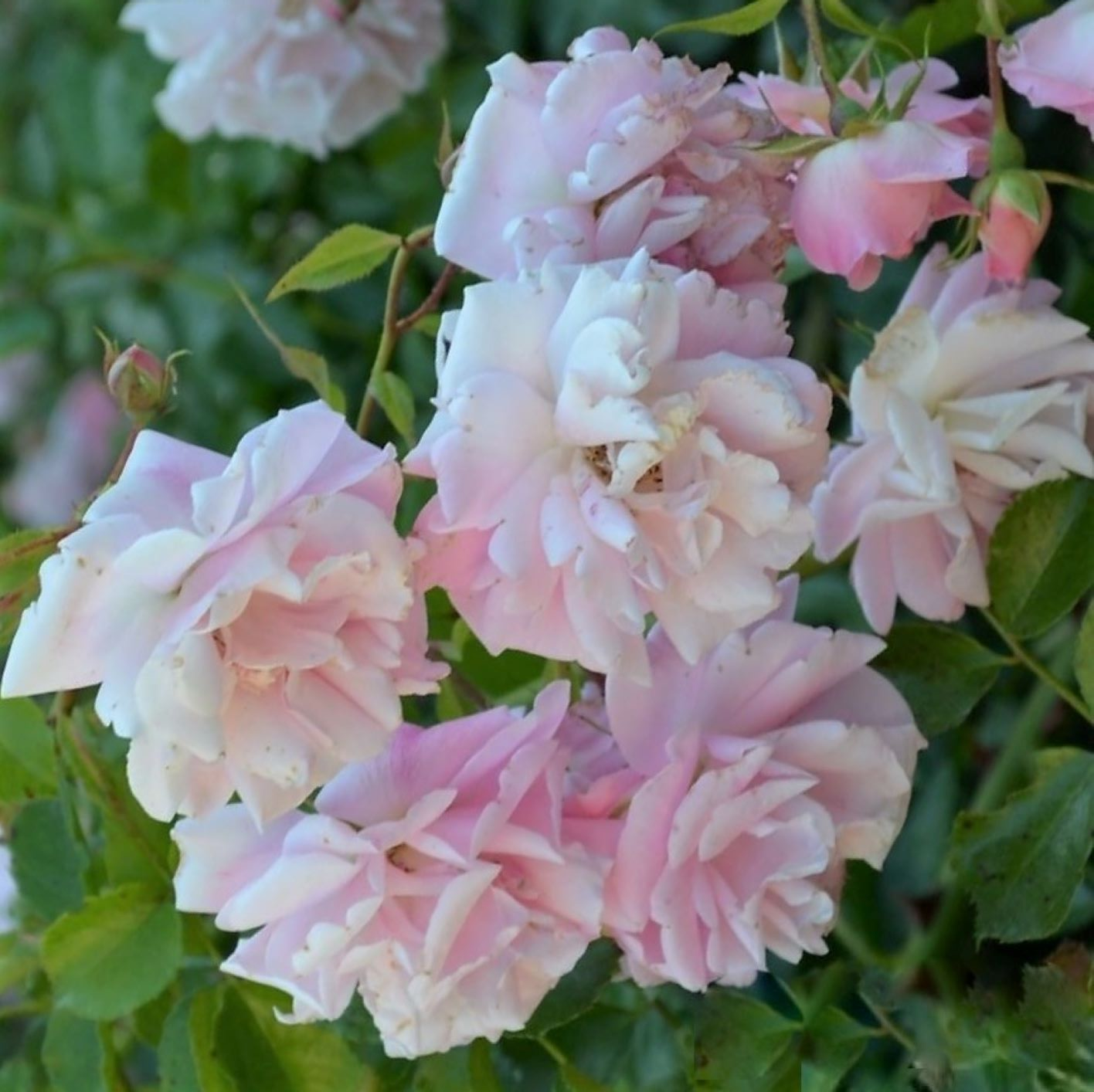
‘Félicité et Perpétue’, Henri-Antoine Jacques, 1828
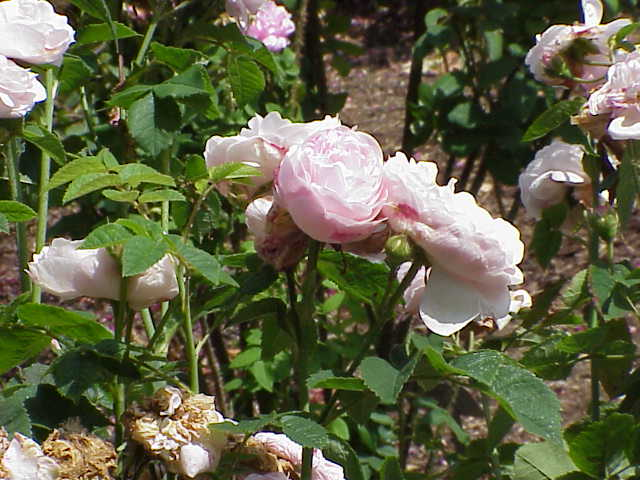
‘Félicité Parmentier’, Parmentier, 1836
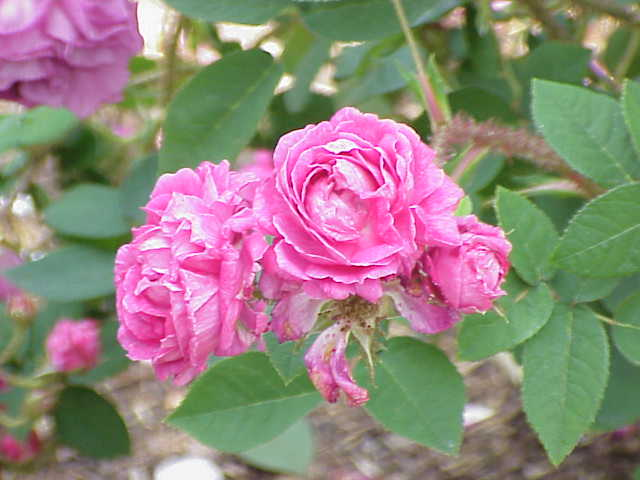
‘Félicité Bohain’, ?, 1866
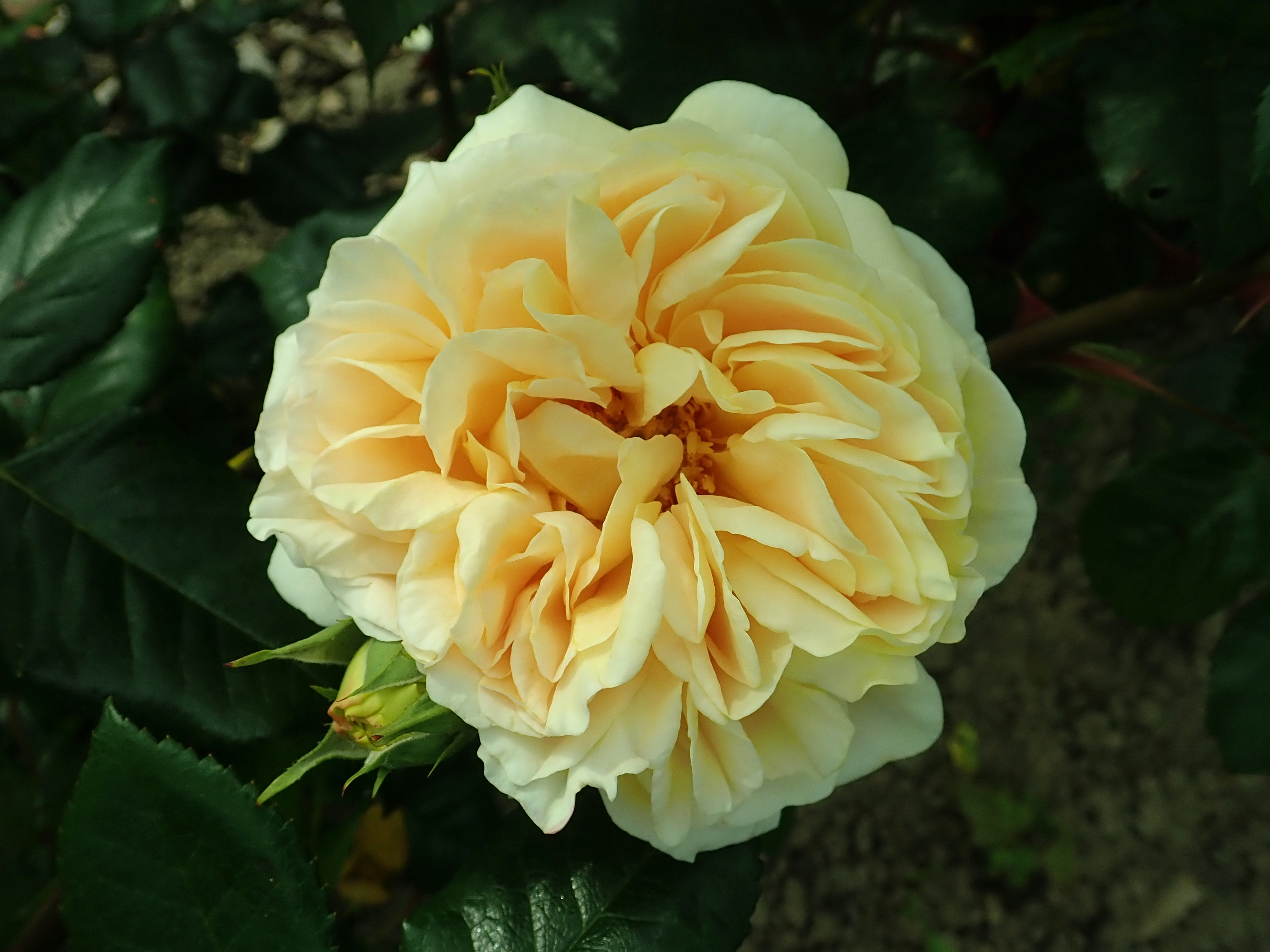
‘Felidae’, Schultheis, 2001
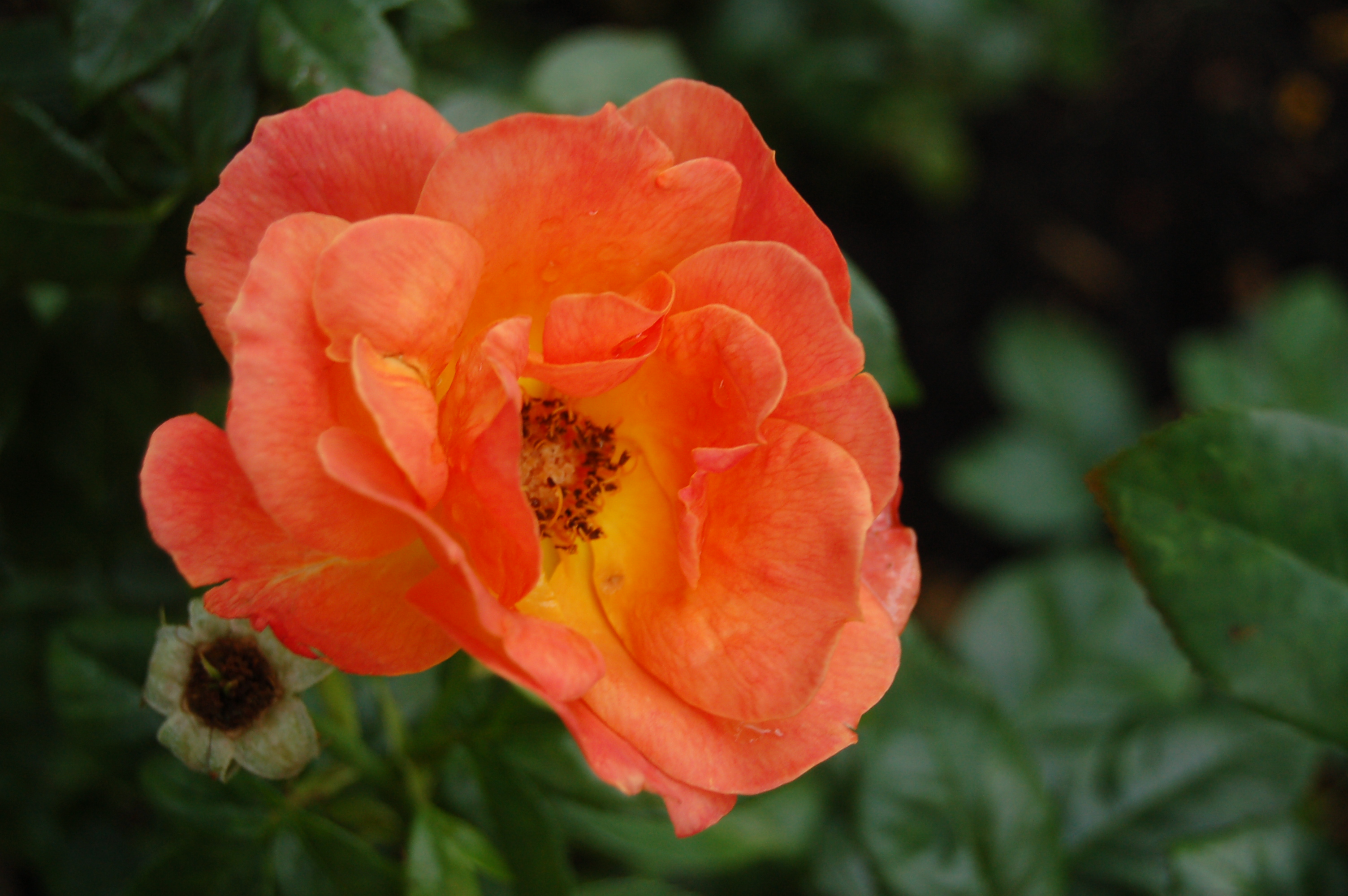
‘Fellowship’, Harkness, 1992
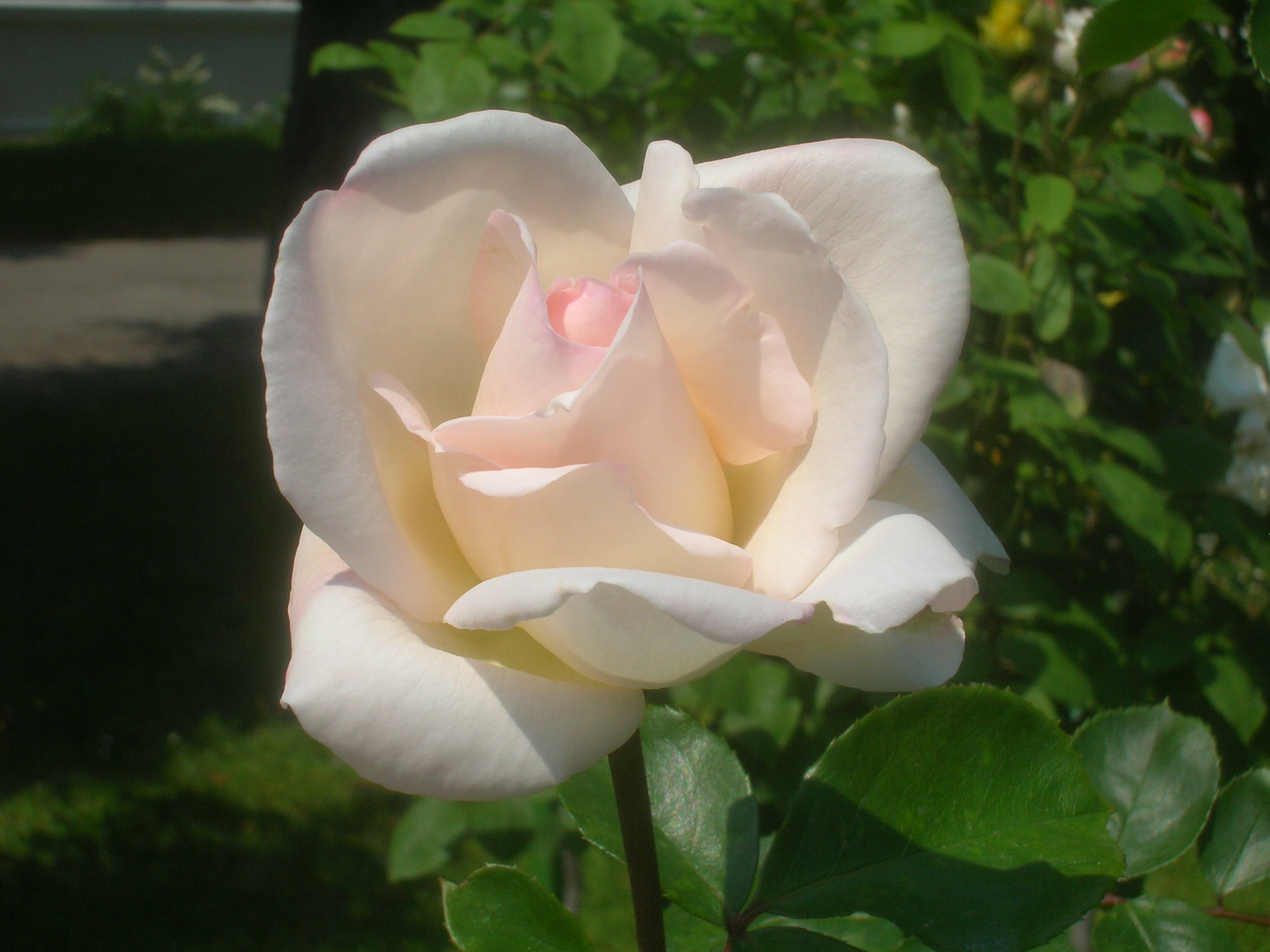
‘Femme’, Delbard, 1970
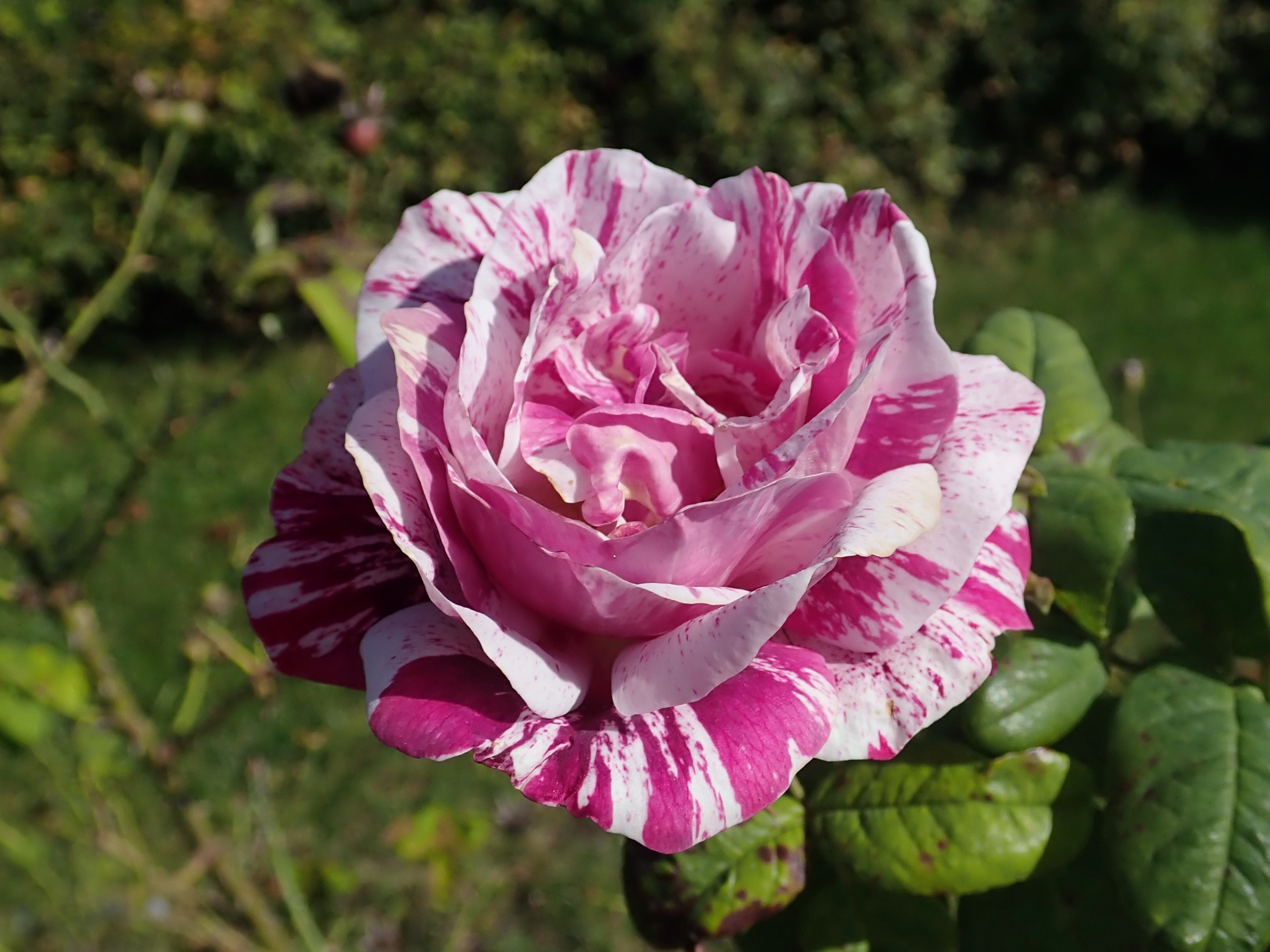
‘Ferdinand Pichard’, Rémi Tanne, vor 1921
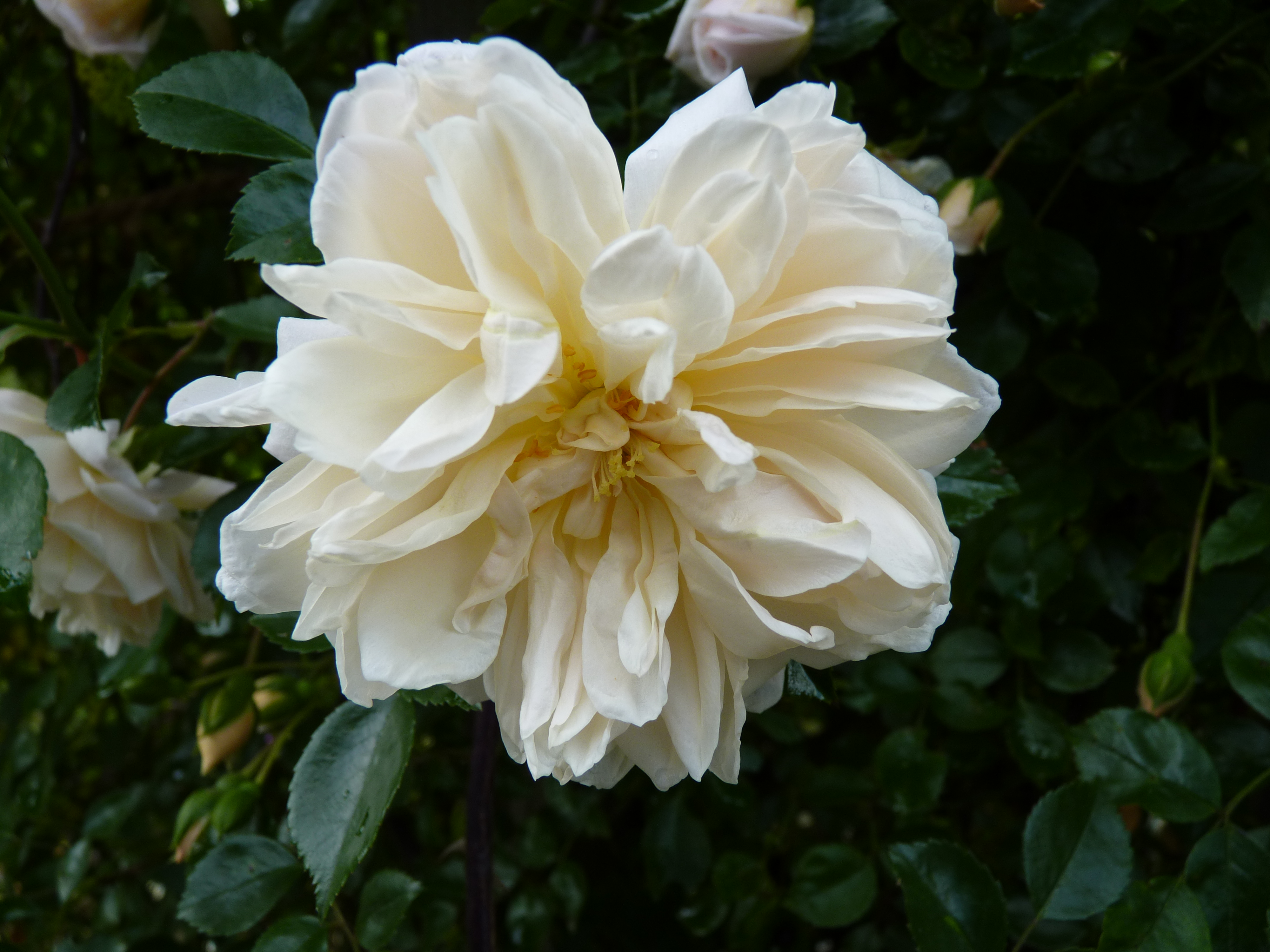
‘Fernand Tanne’, Tanne, 1920
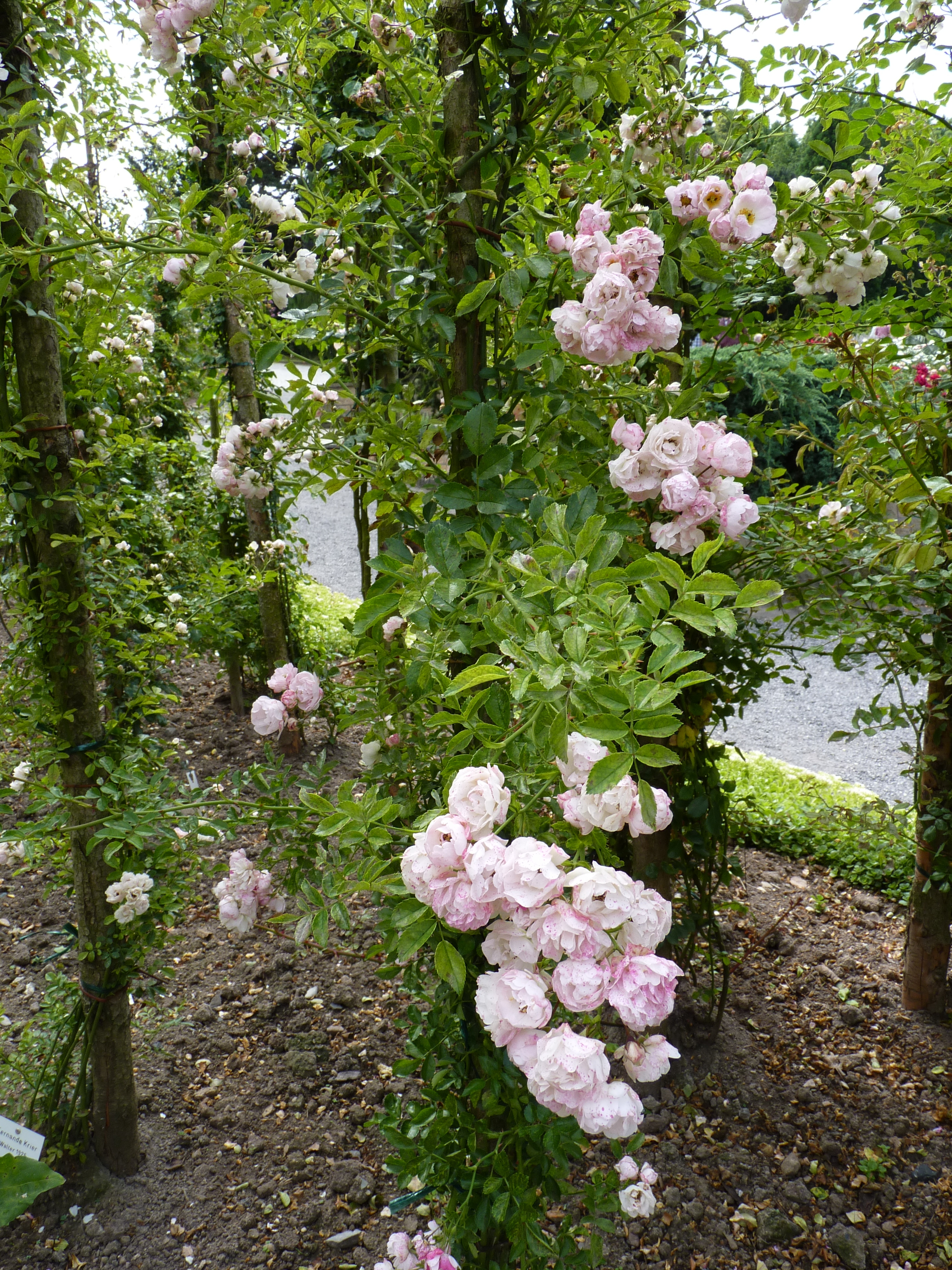
‘Fernande Krier’, Walter, 1925
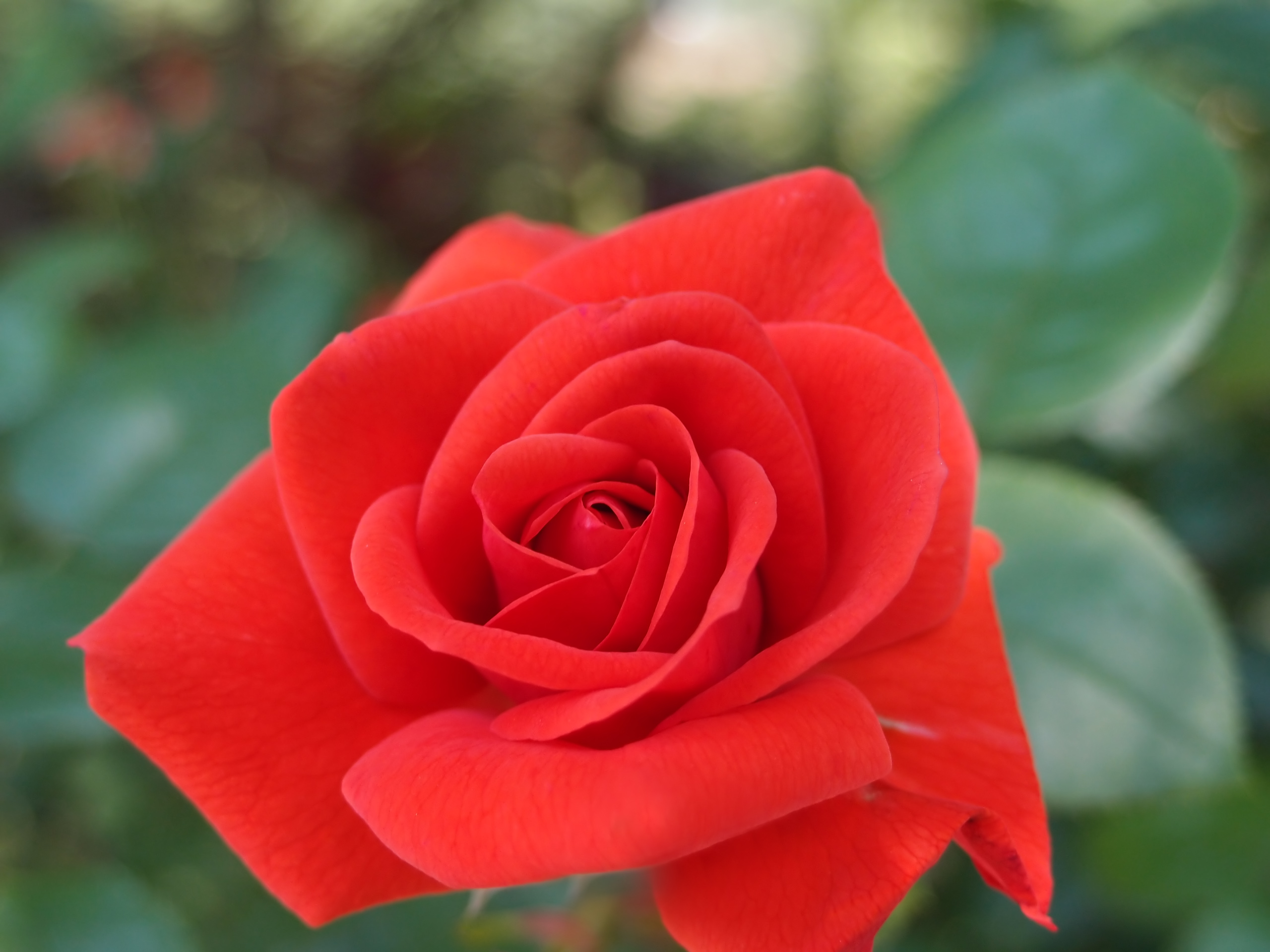
‘Feuerfunken’, Anni Berger, 1979
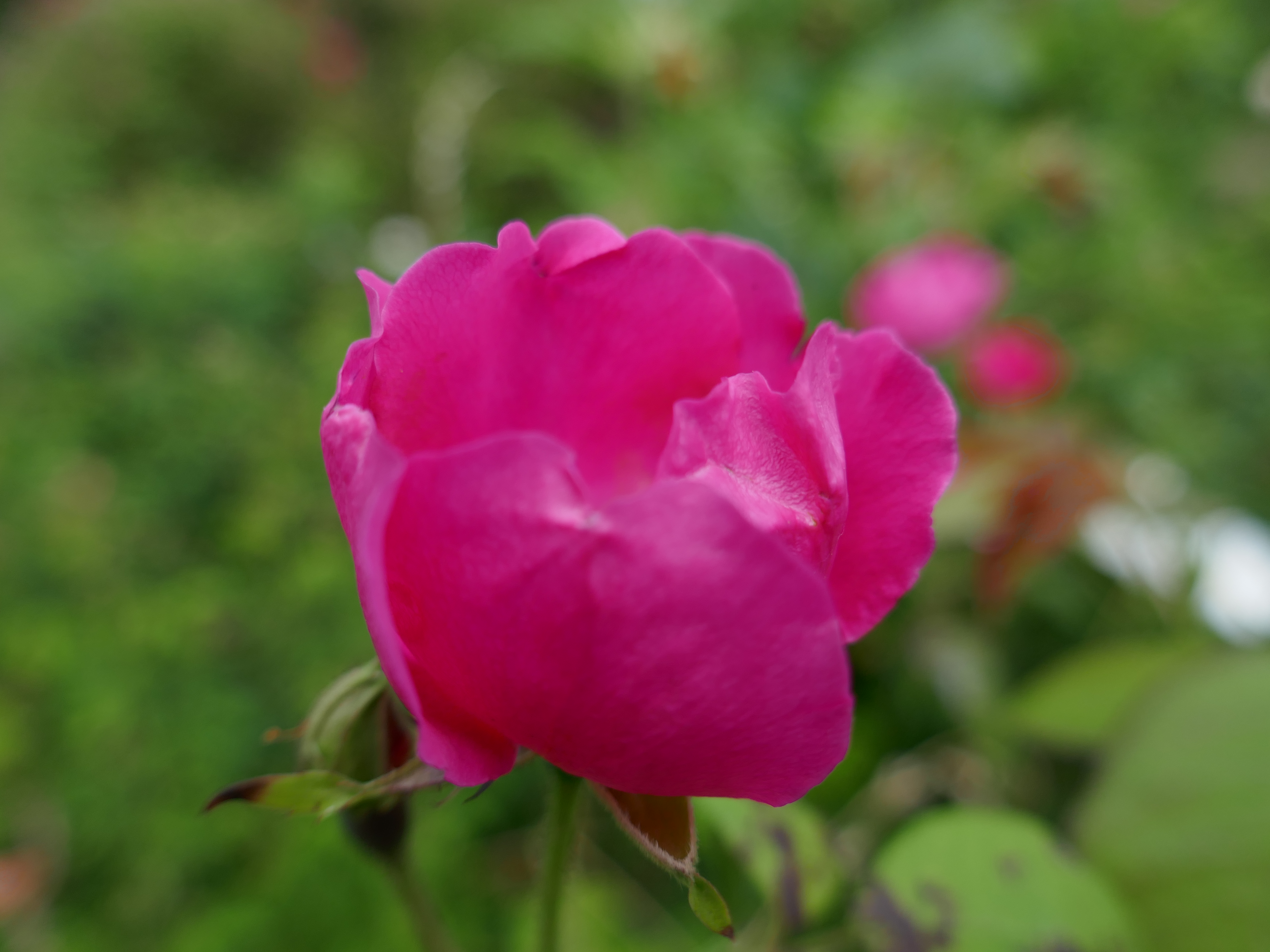
‘Feuerzauber’, J.C. Schmidt, 1913
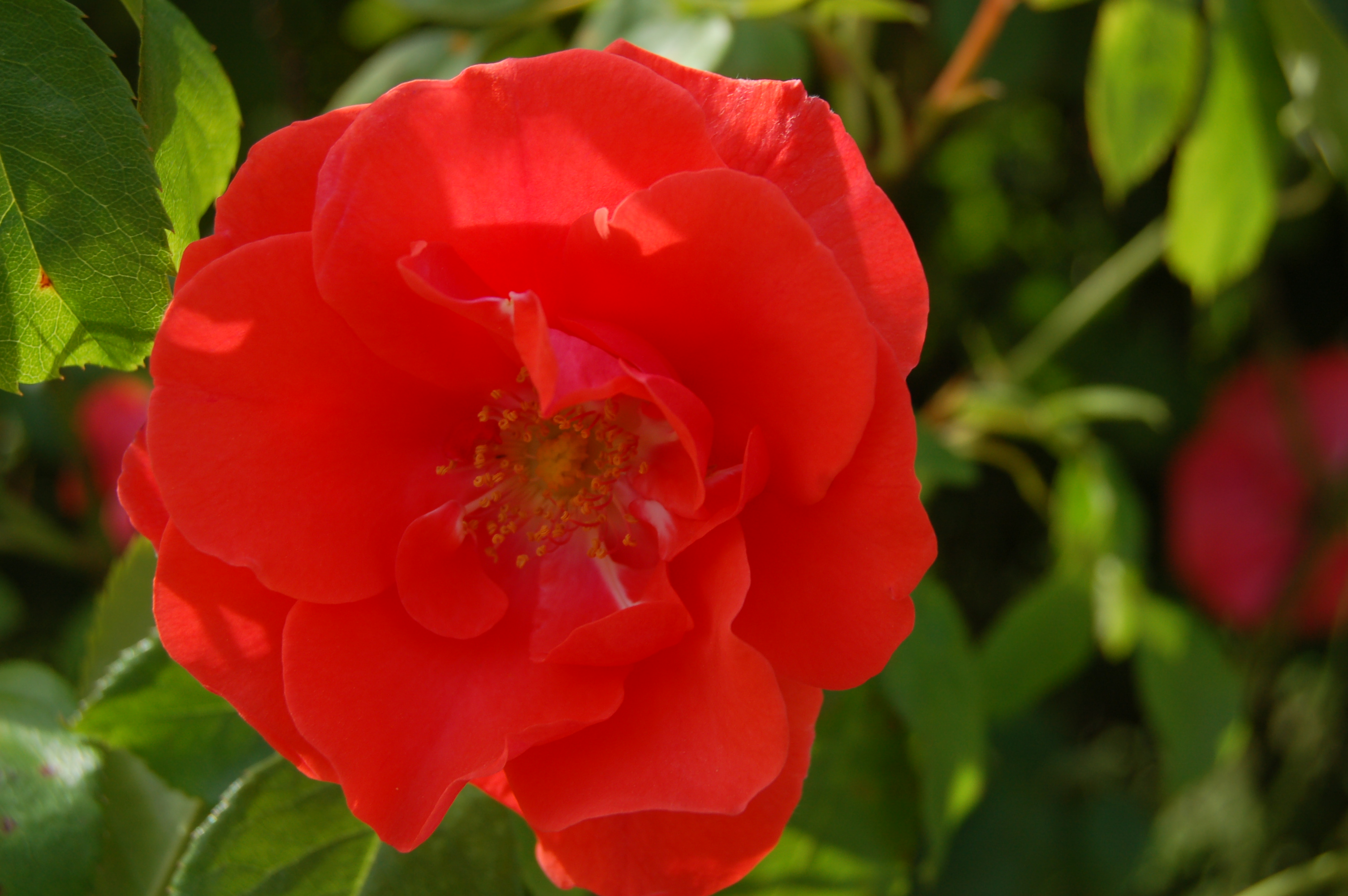
‘Feuerwerk’, Tantau, 1962
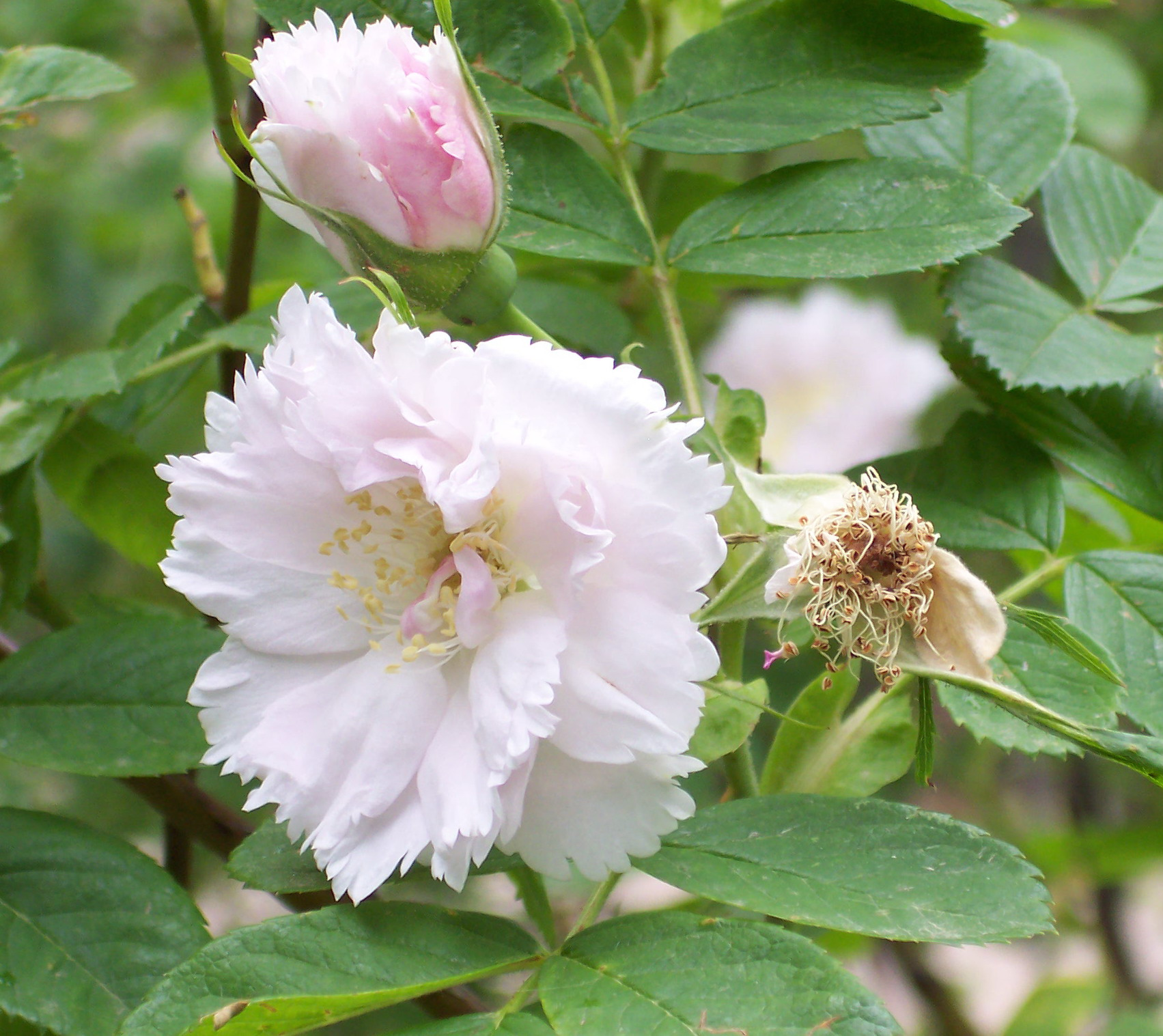
‘Fimbriata’, Morlet, 1890
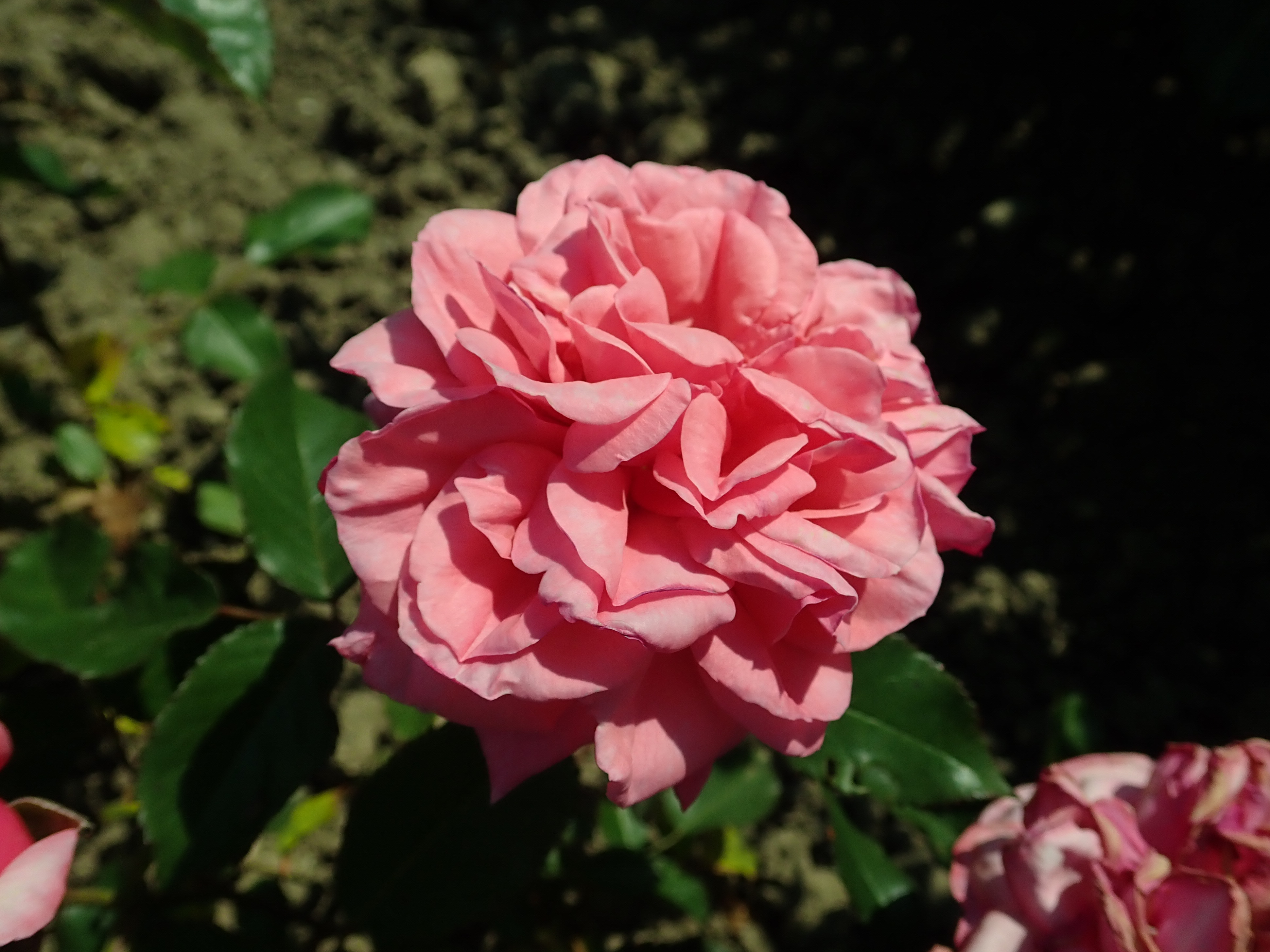
‘Finkenrech’, Karl Heinz Michler, 1989
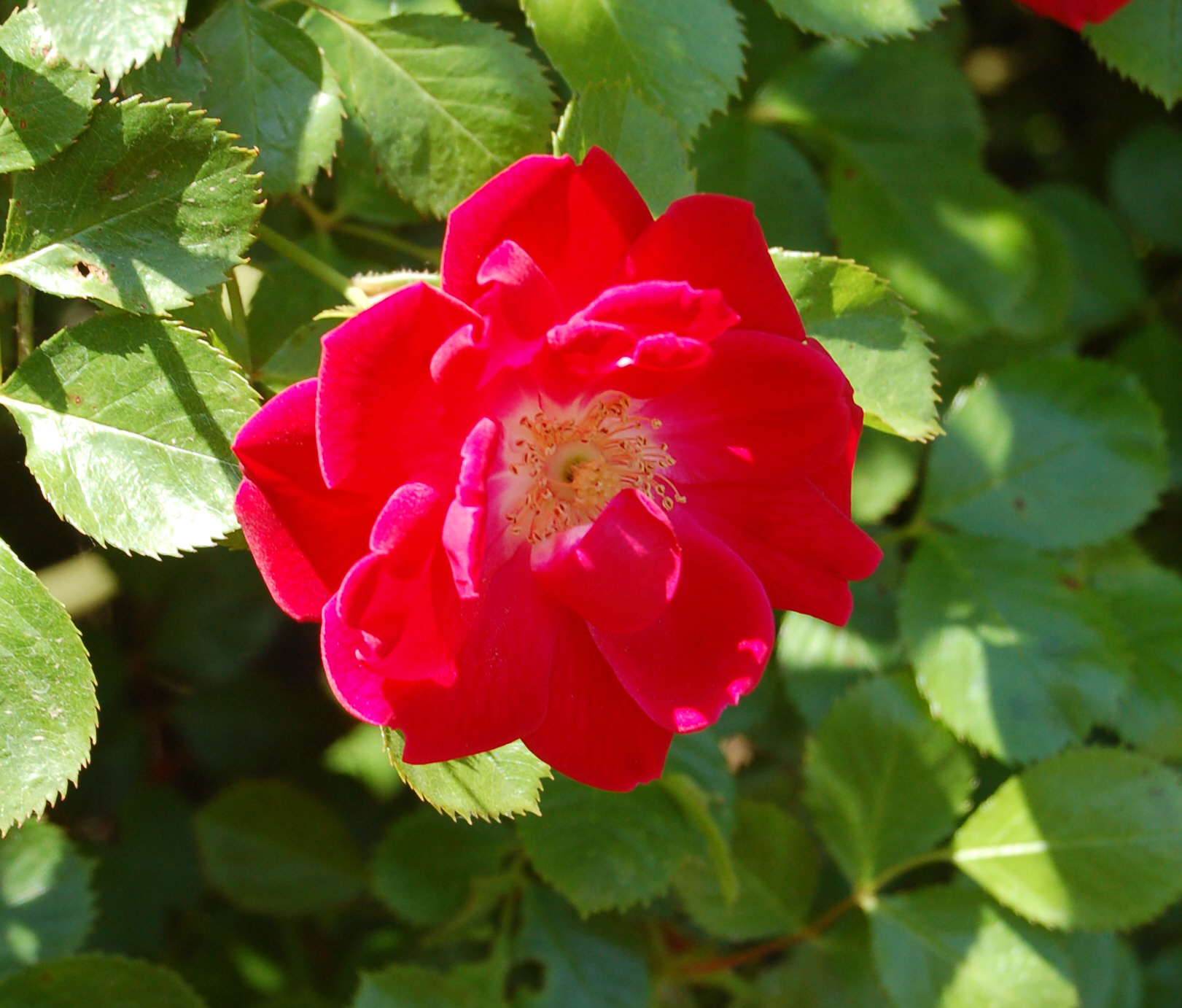
Fiona, Meilland 1979
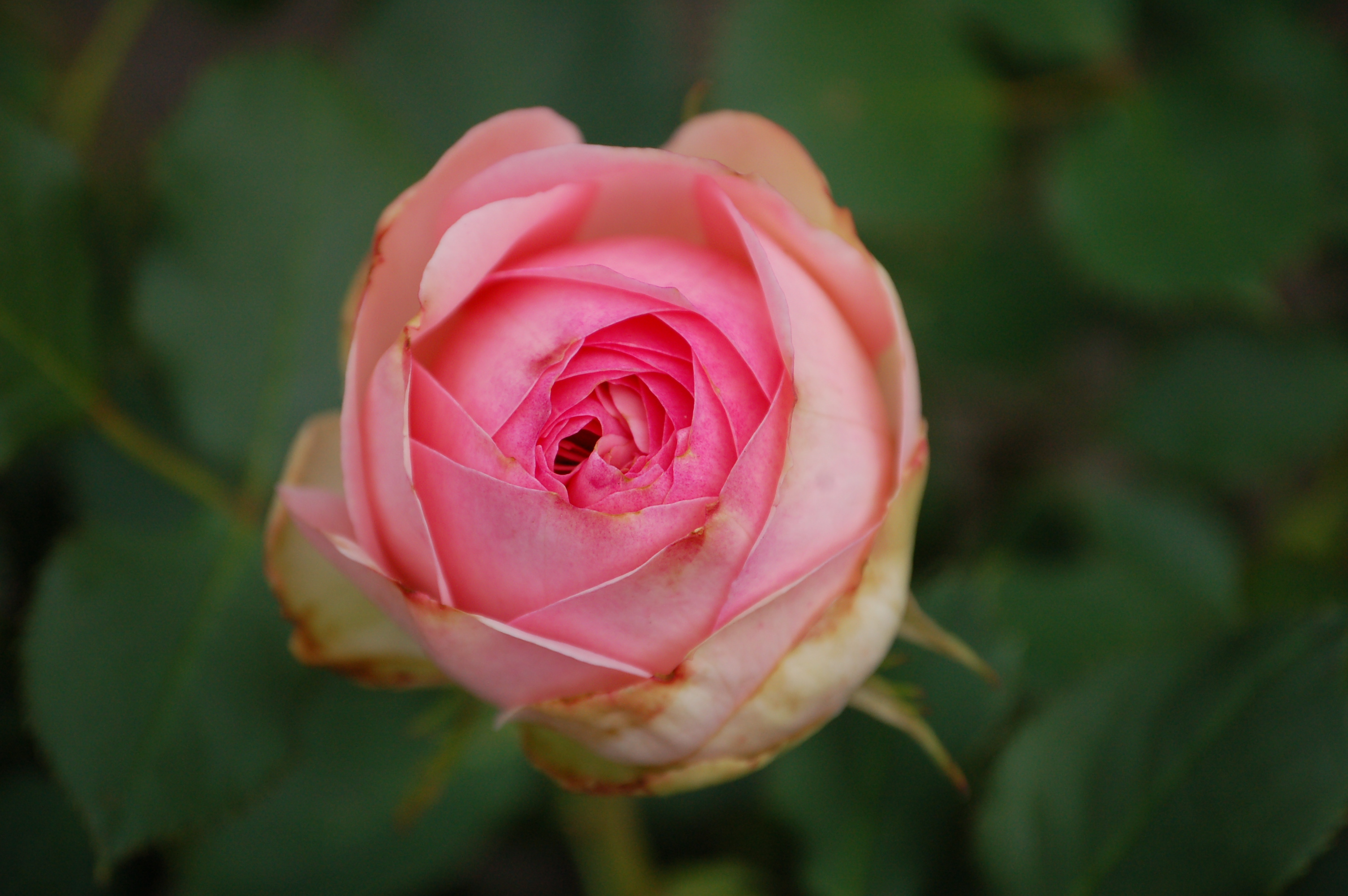
‘First Lady’, Tantau, 2005
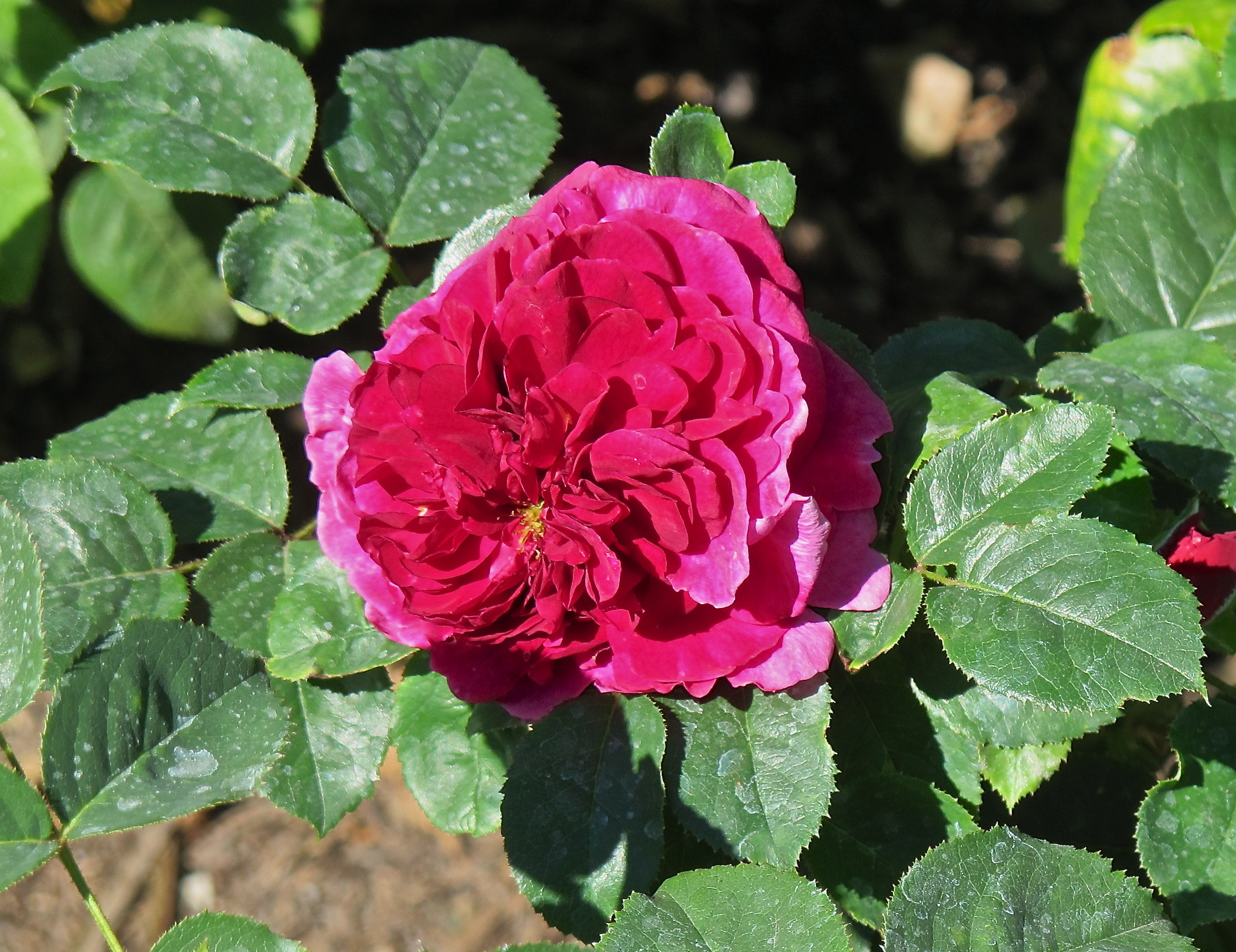
‘Fisherman’s Friend’, David Austin, 1987
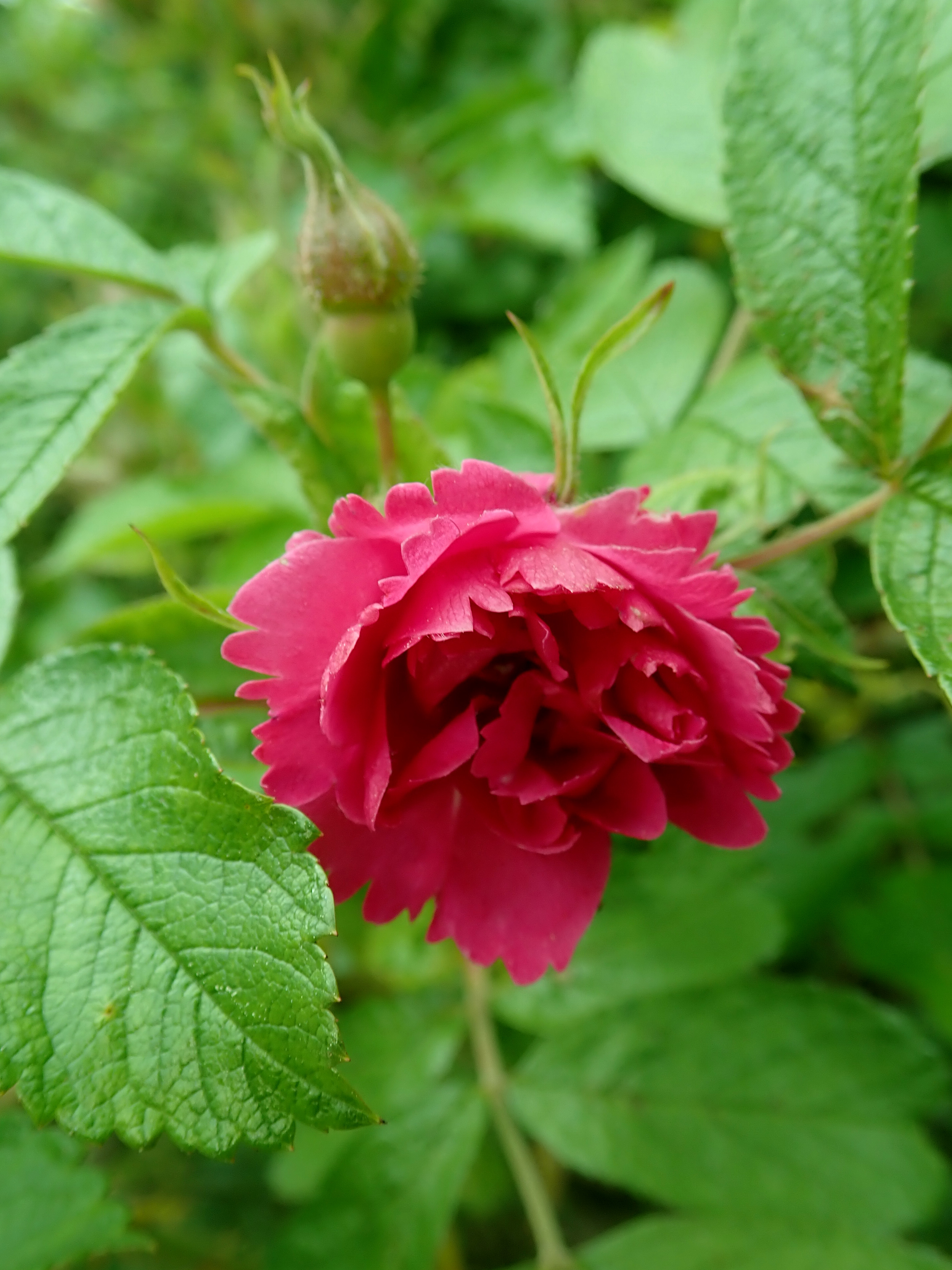
‘F. J. Grootendorst’, De Goey, 1918
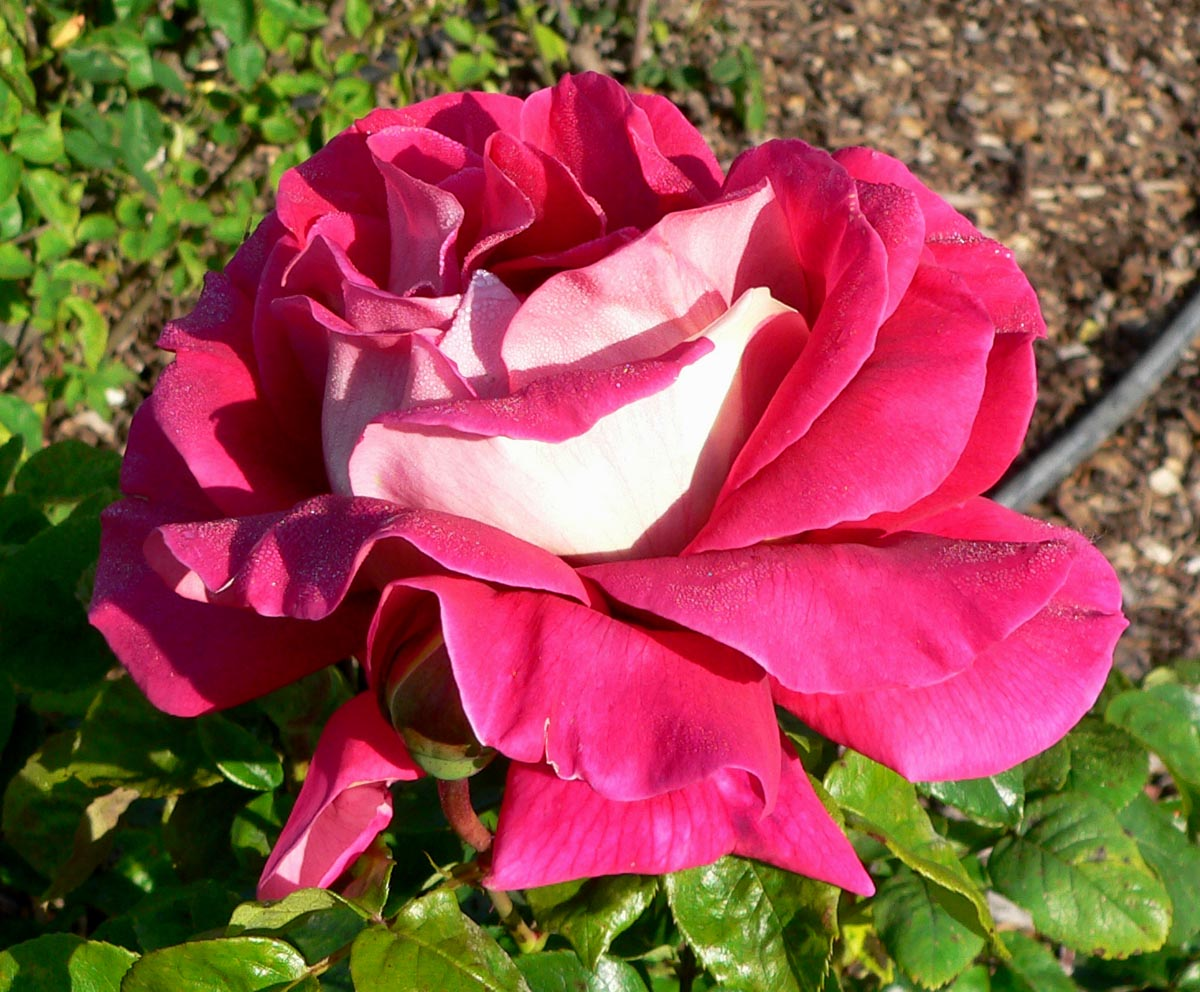
‘Flaming Peace’, McGredy, 1965
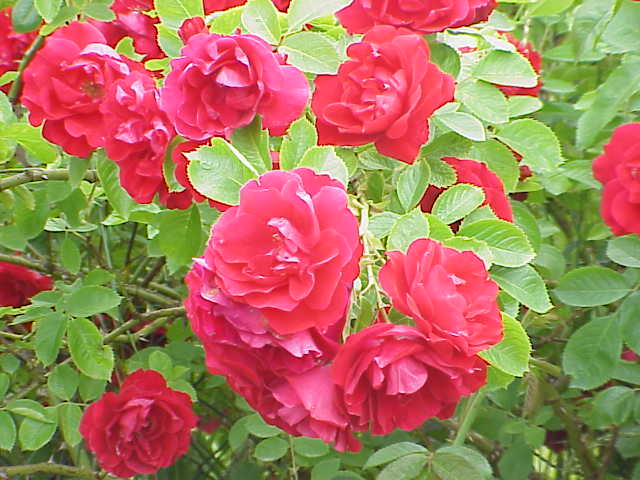
‘Flammentanz’, Kordes, 1955
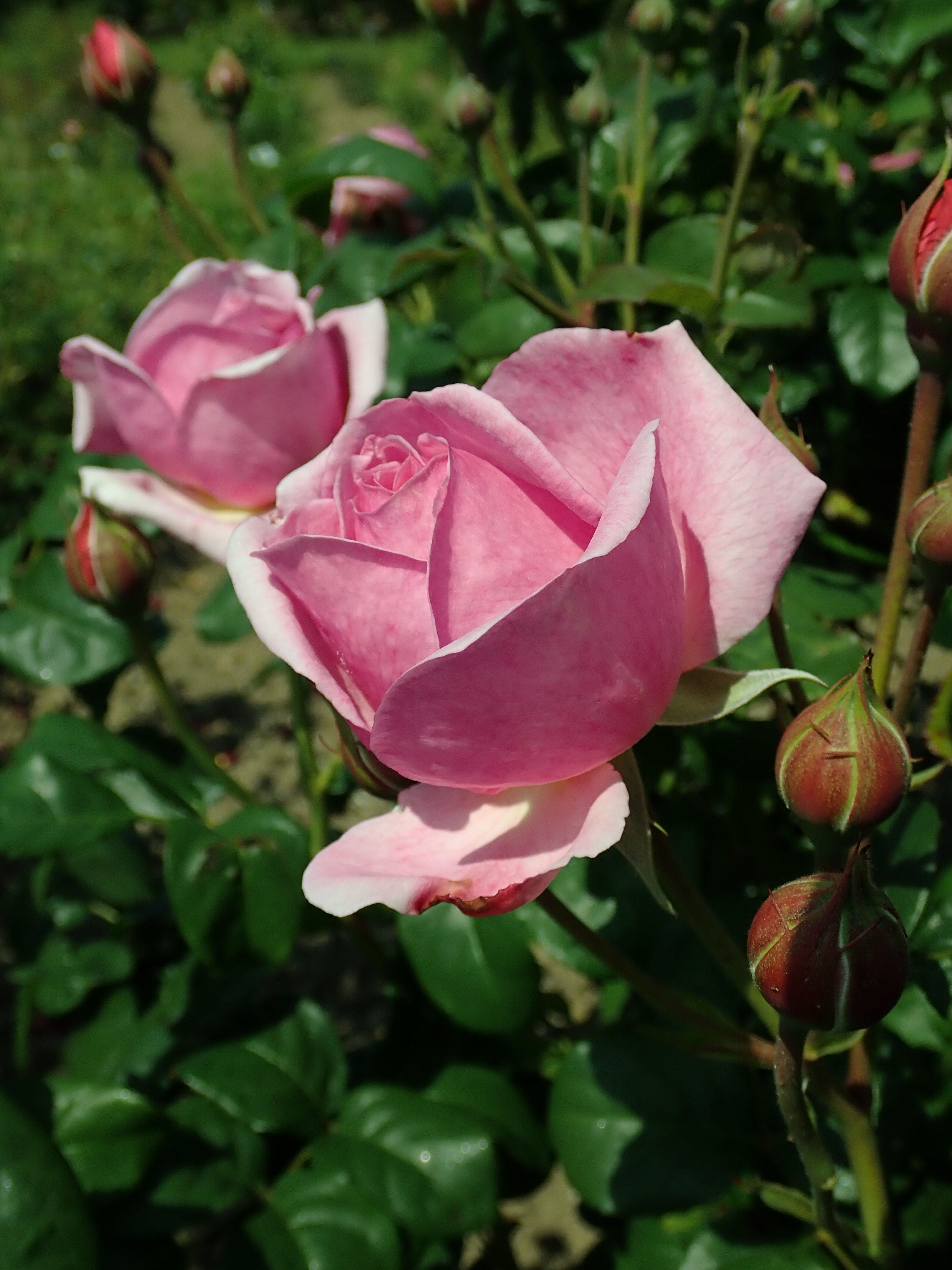
‘Flashlight’, Noack, vor 2006
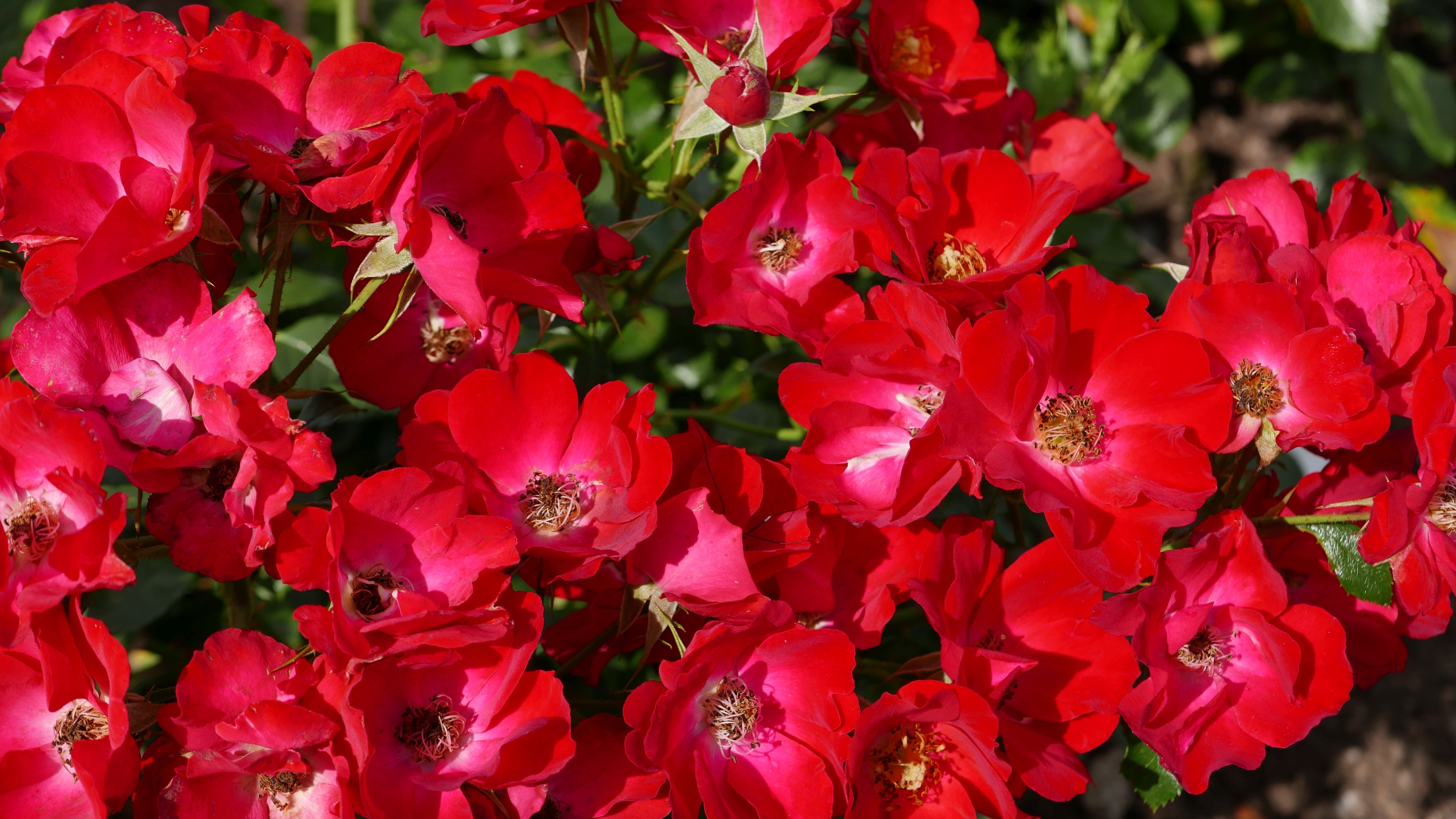
‘Fleur Robuste Polo’, Boot & Co., 2008
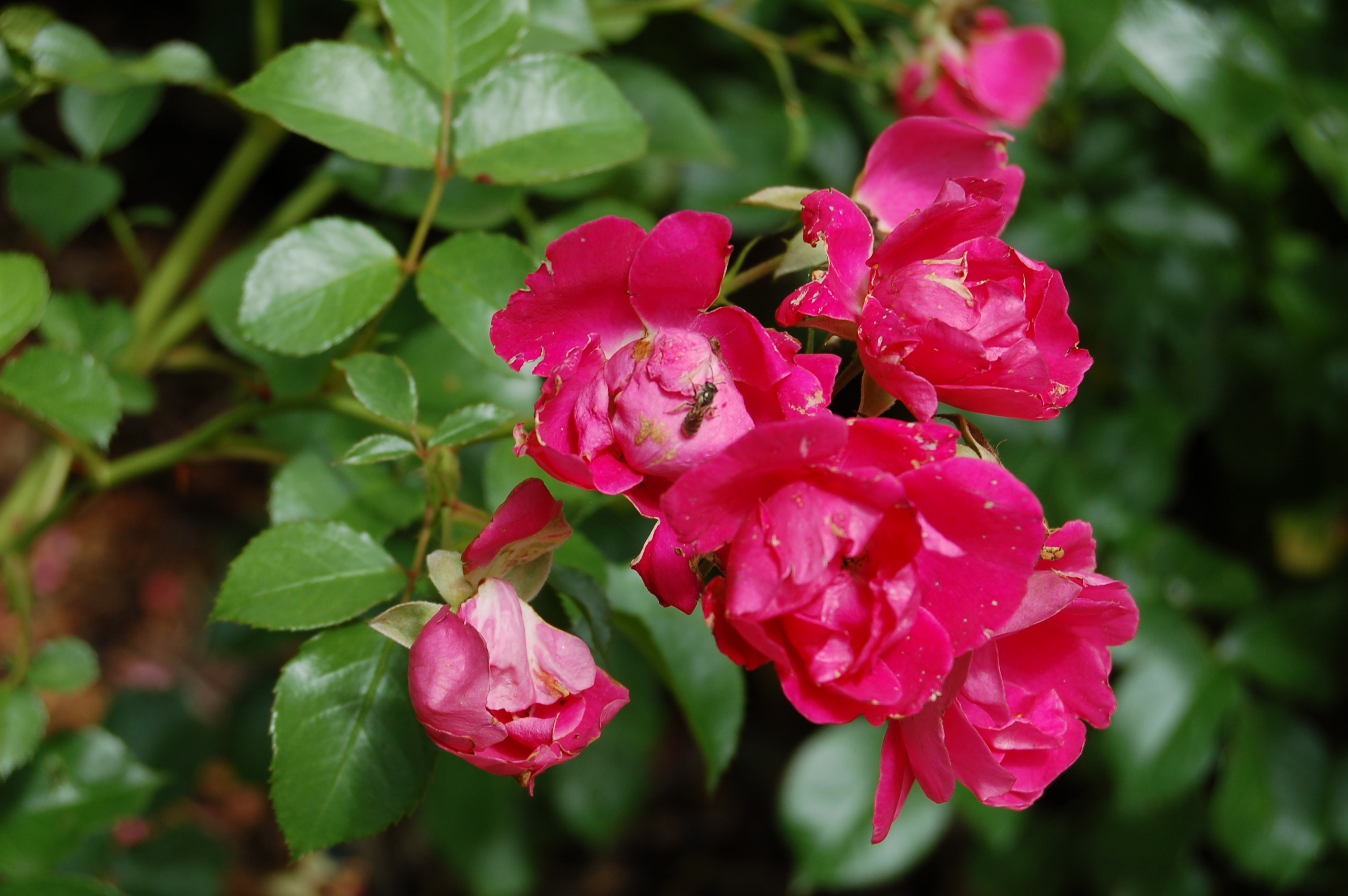
‘Flirt’, Kordes, 2000
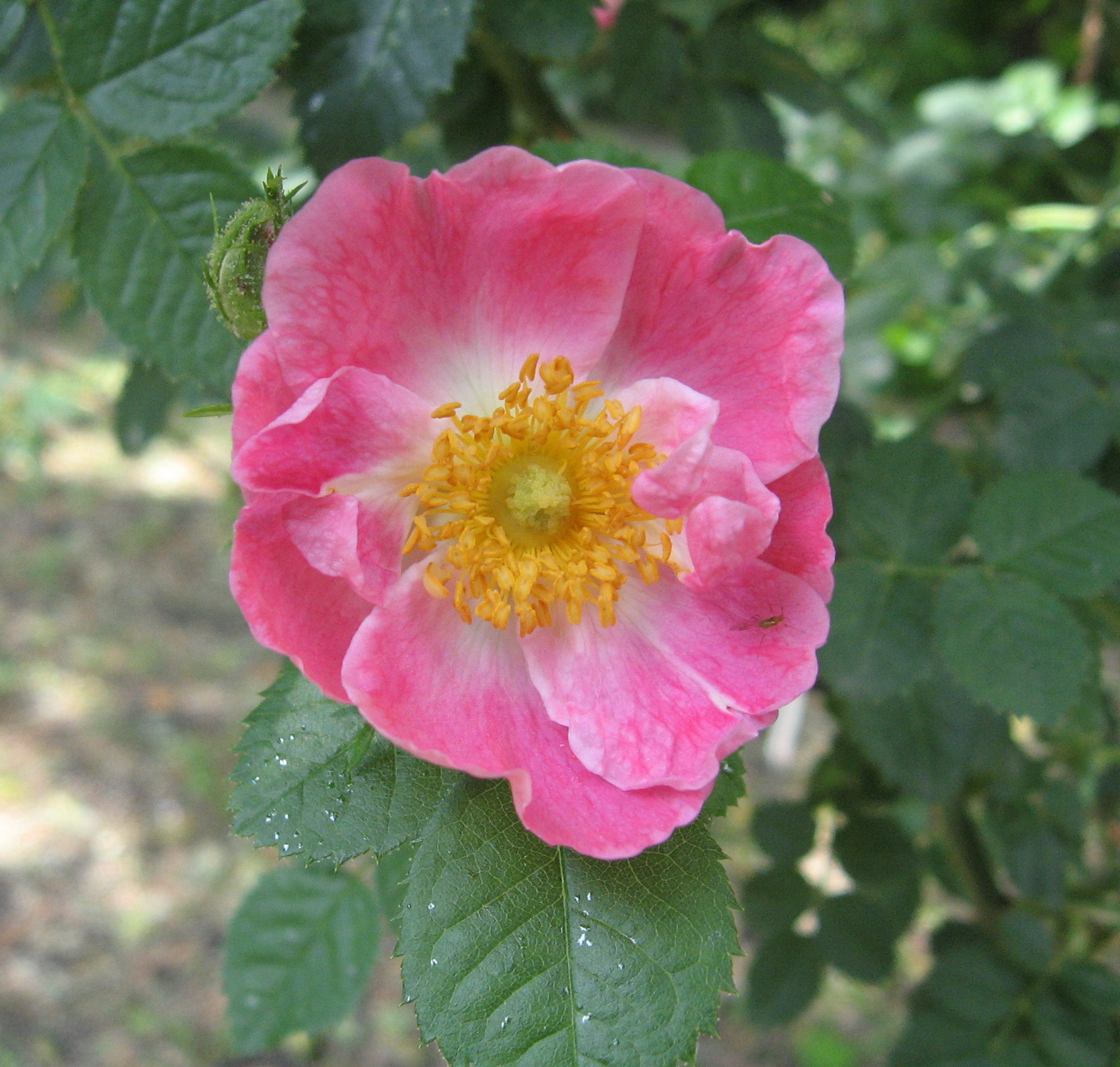
‘Flora McIvor’, unbekannt
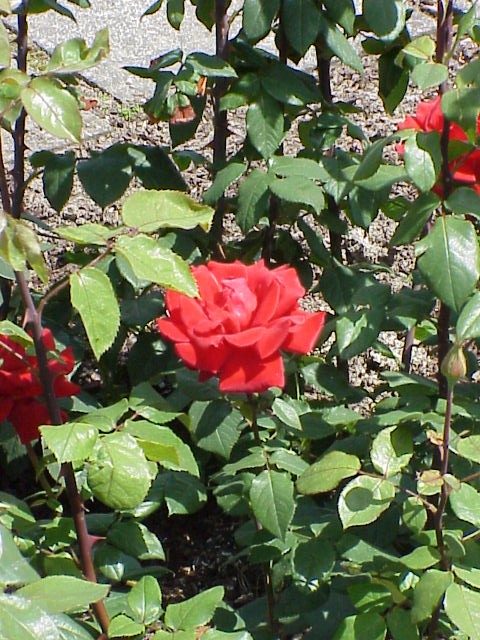
‘Florentina’, Kordes, 1973
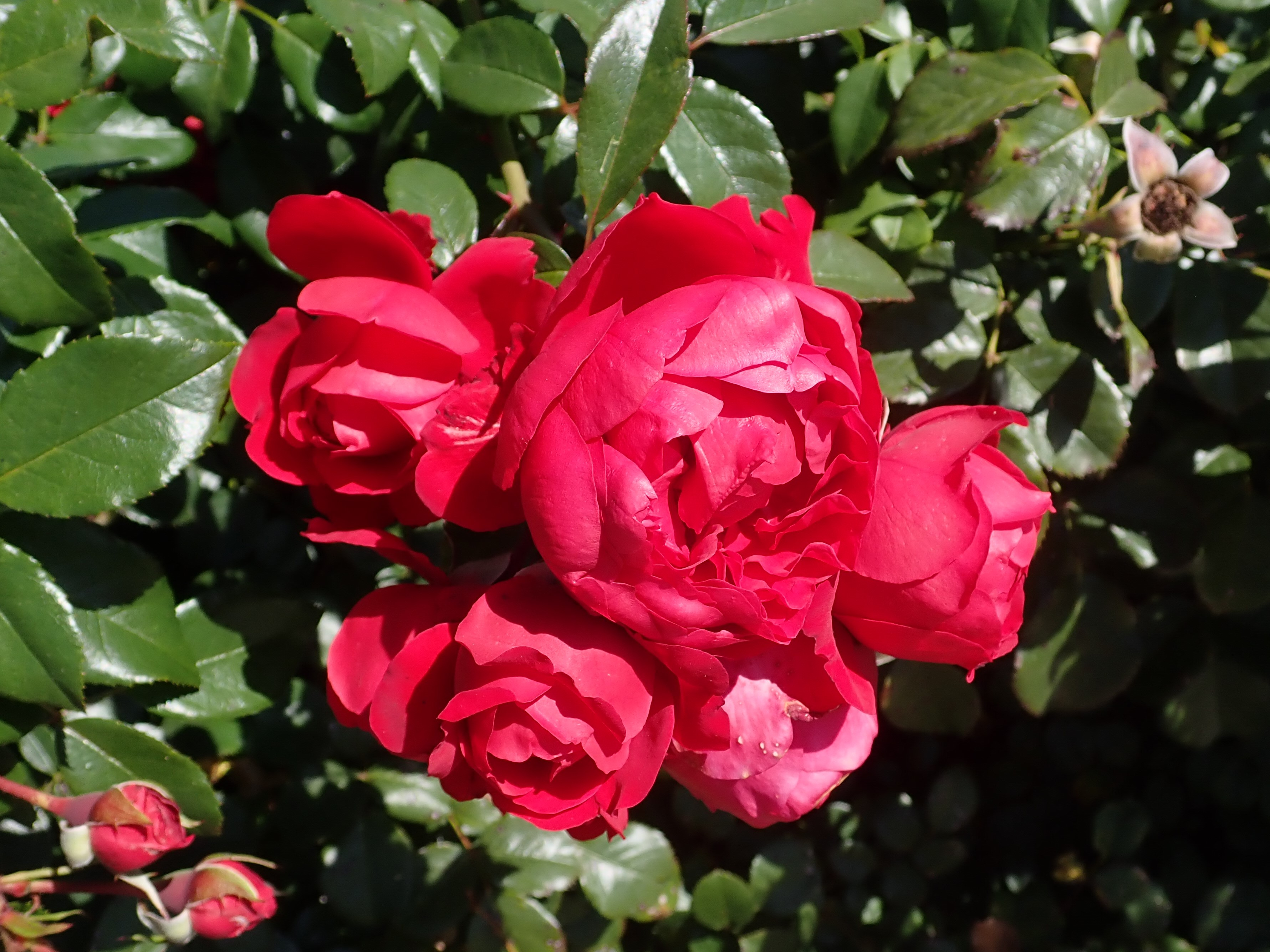
‘Florentina’, Kordes, 2002
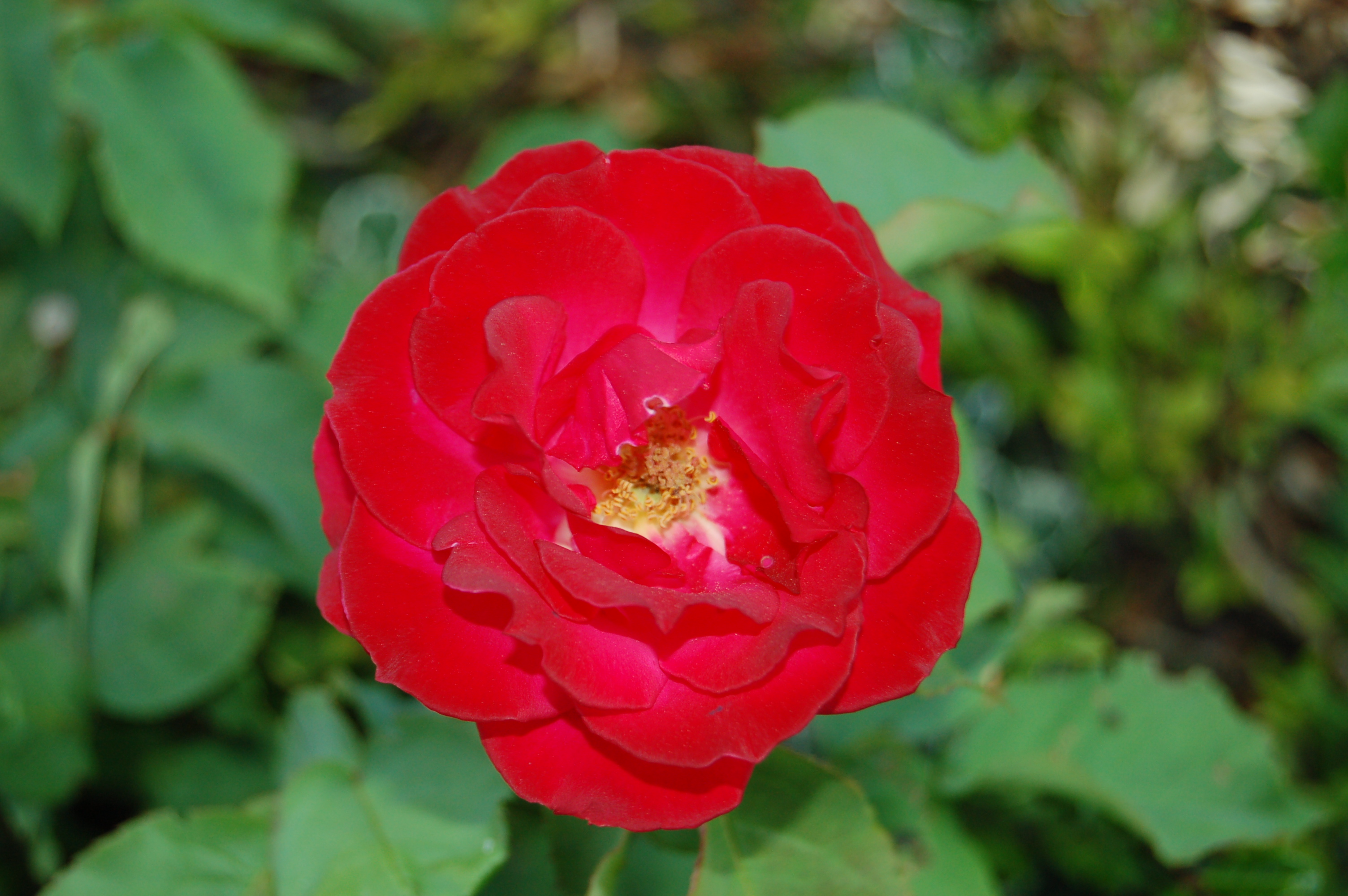
‘Fluorette’, Lens, 1971
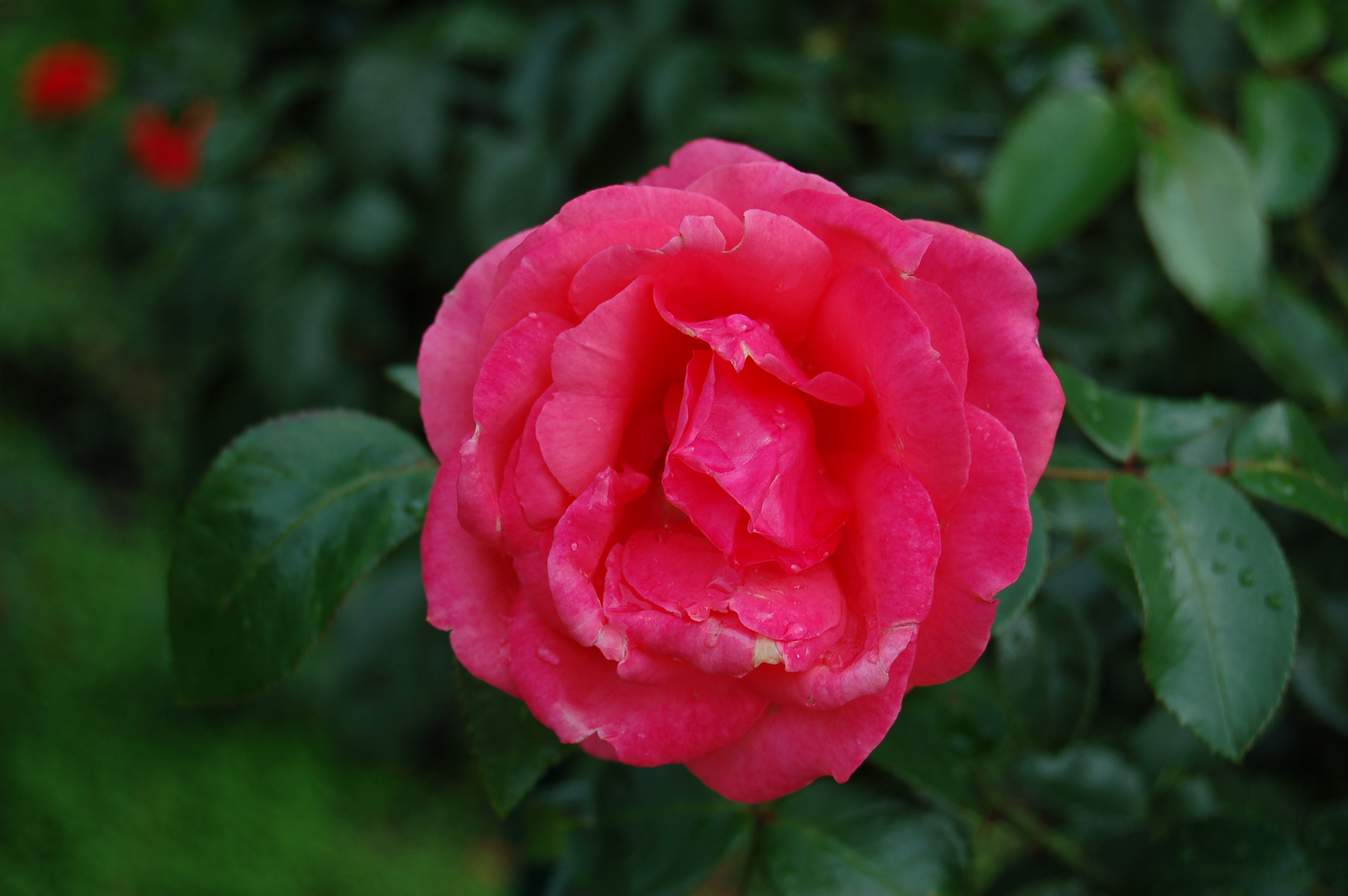
‘Focus’, Noack, 1997
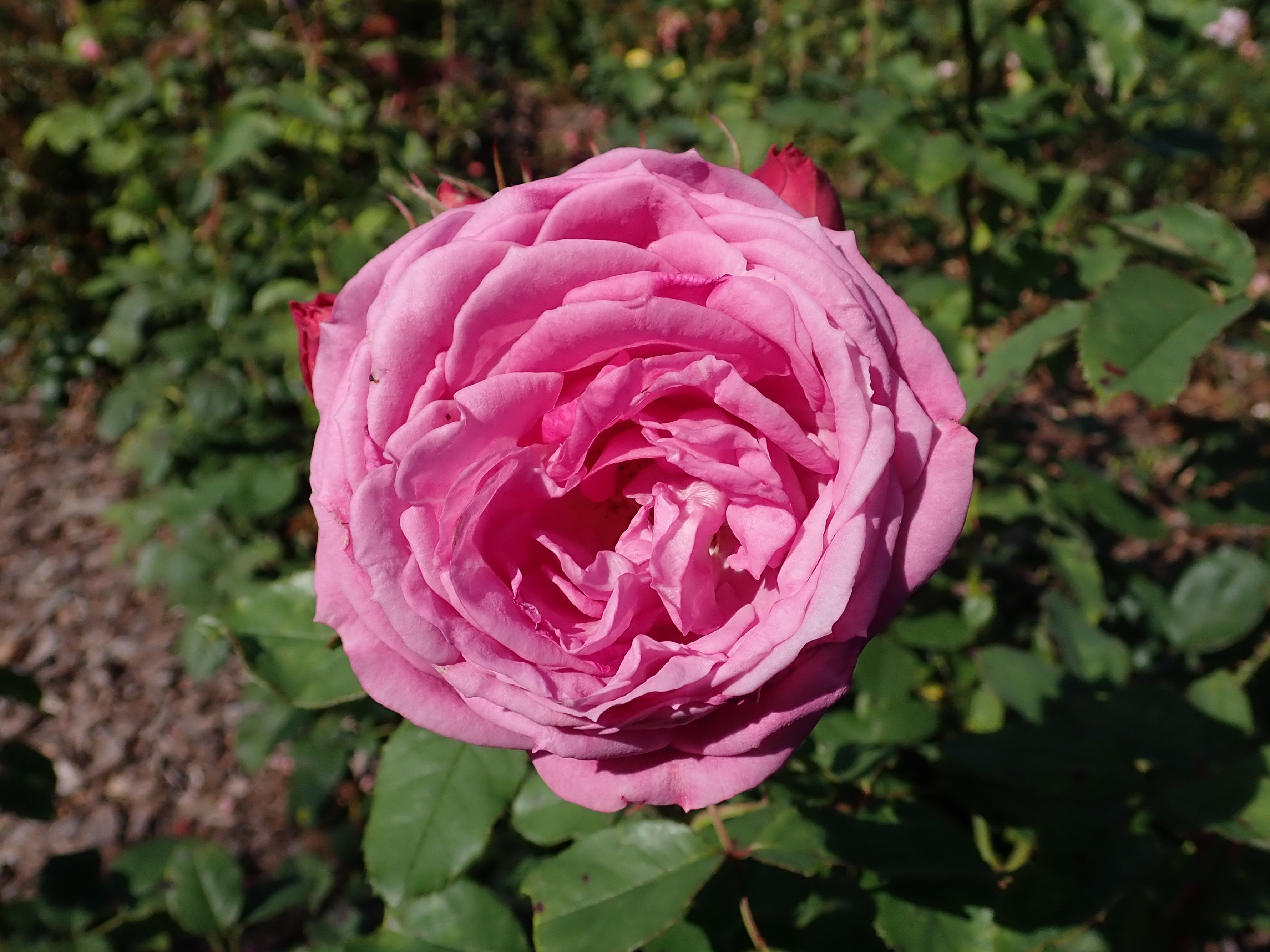
‘Föhr’, Thorsten König, 2014
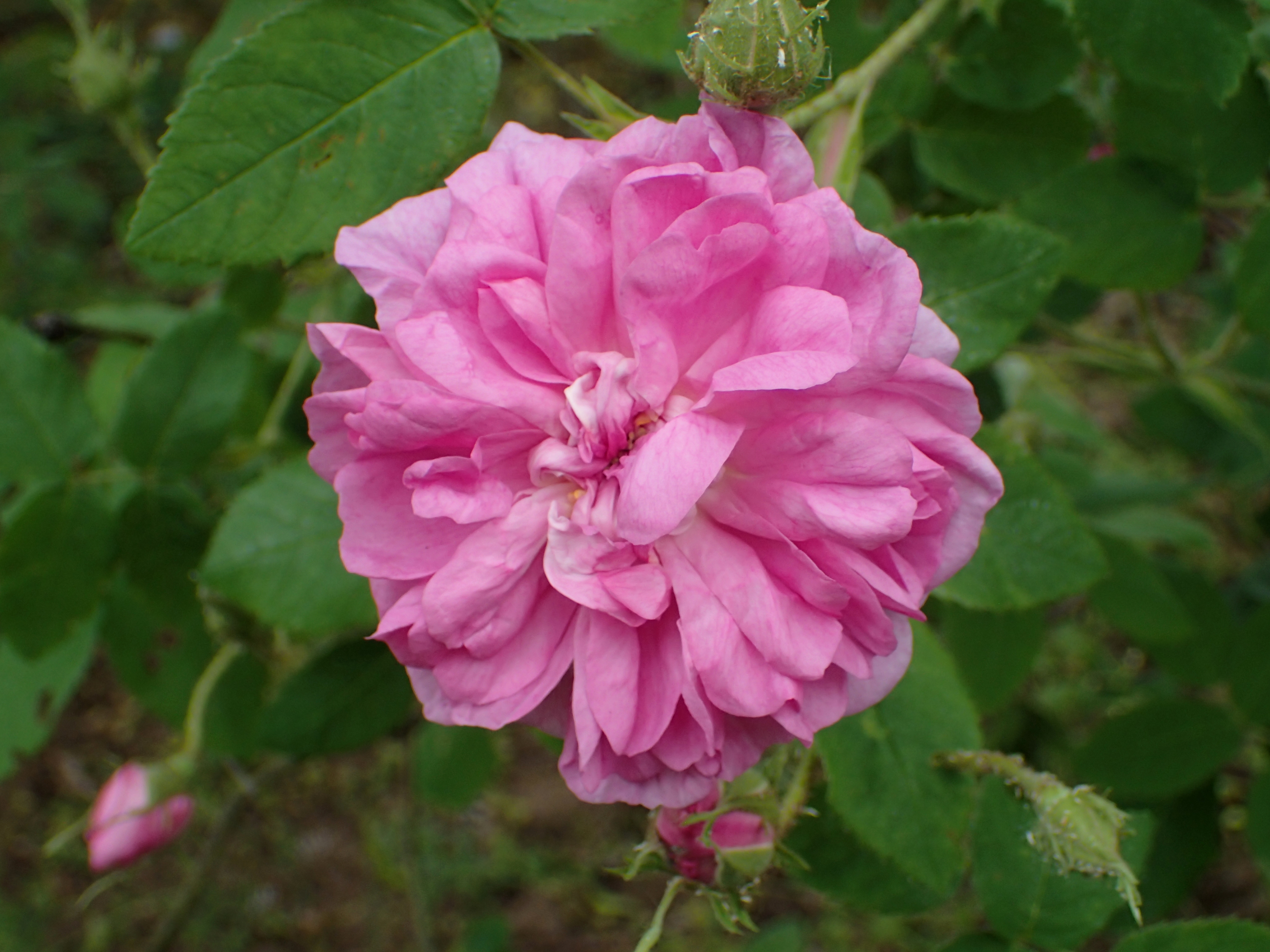
‘Foliacée’, vor 1810
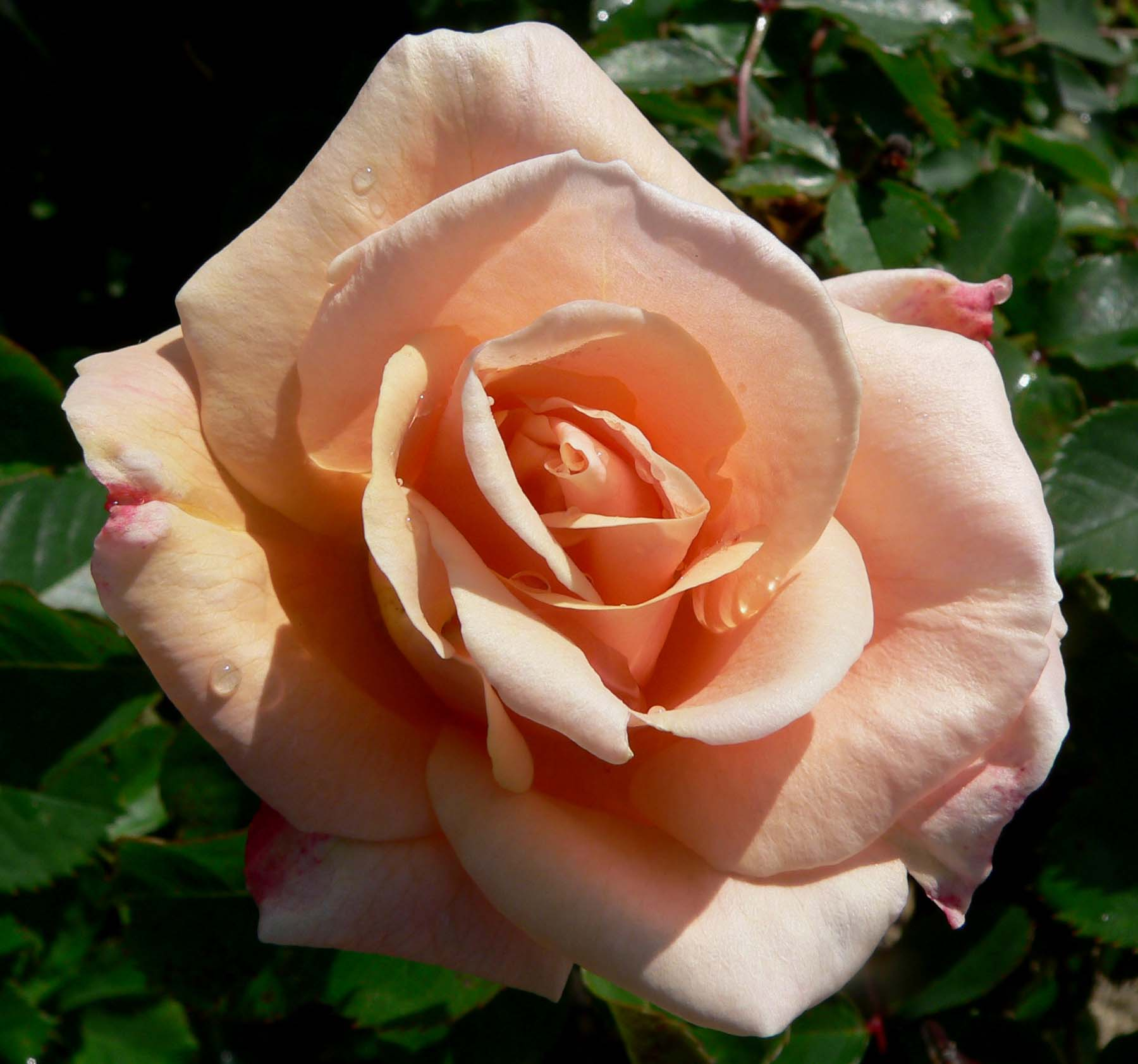
‘Folksinger’, Buck, 1984
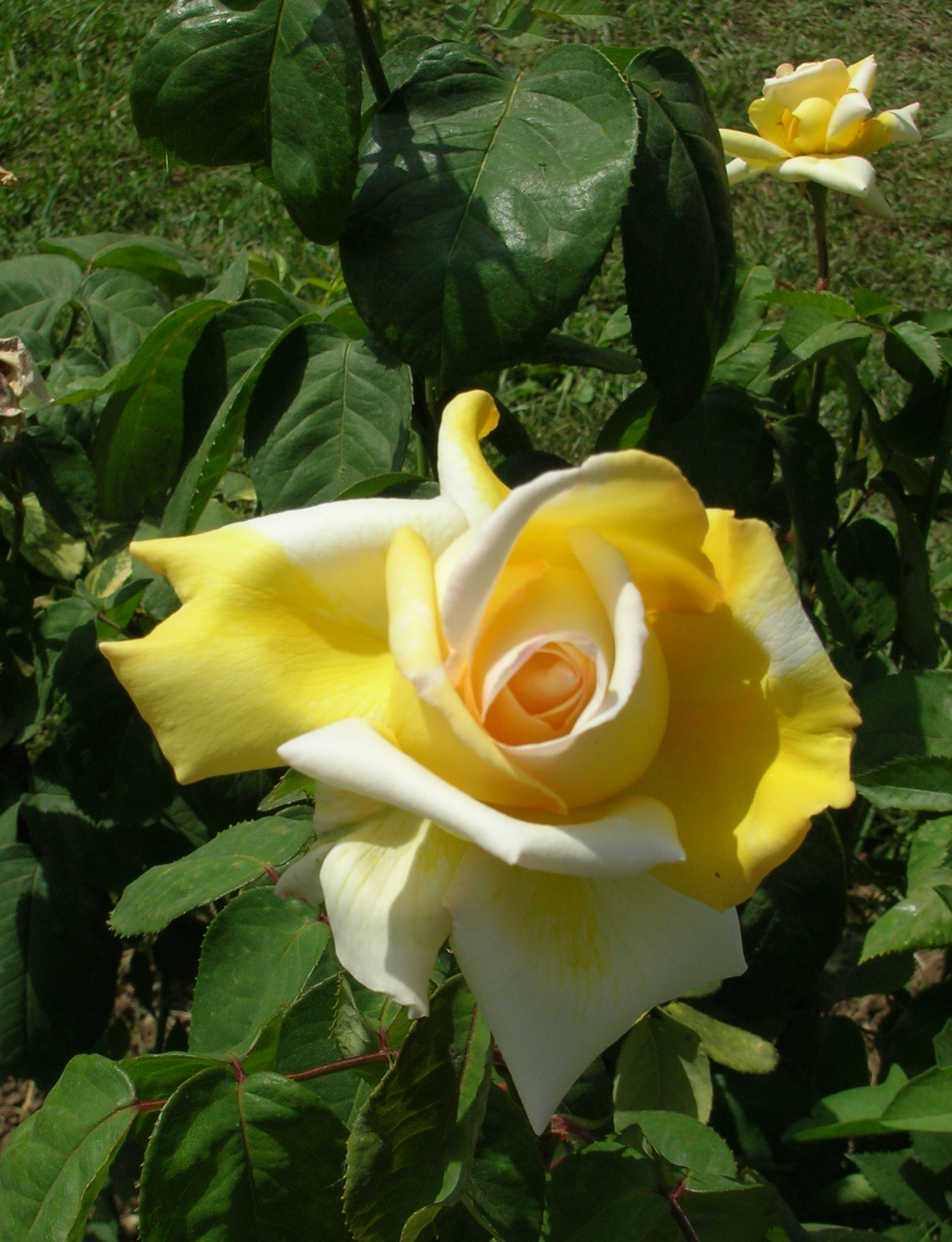
‘Folle Courtisane’, Delbard, 1988
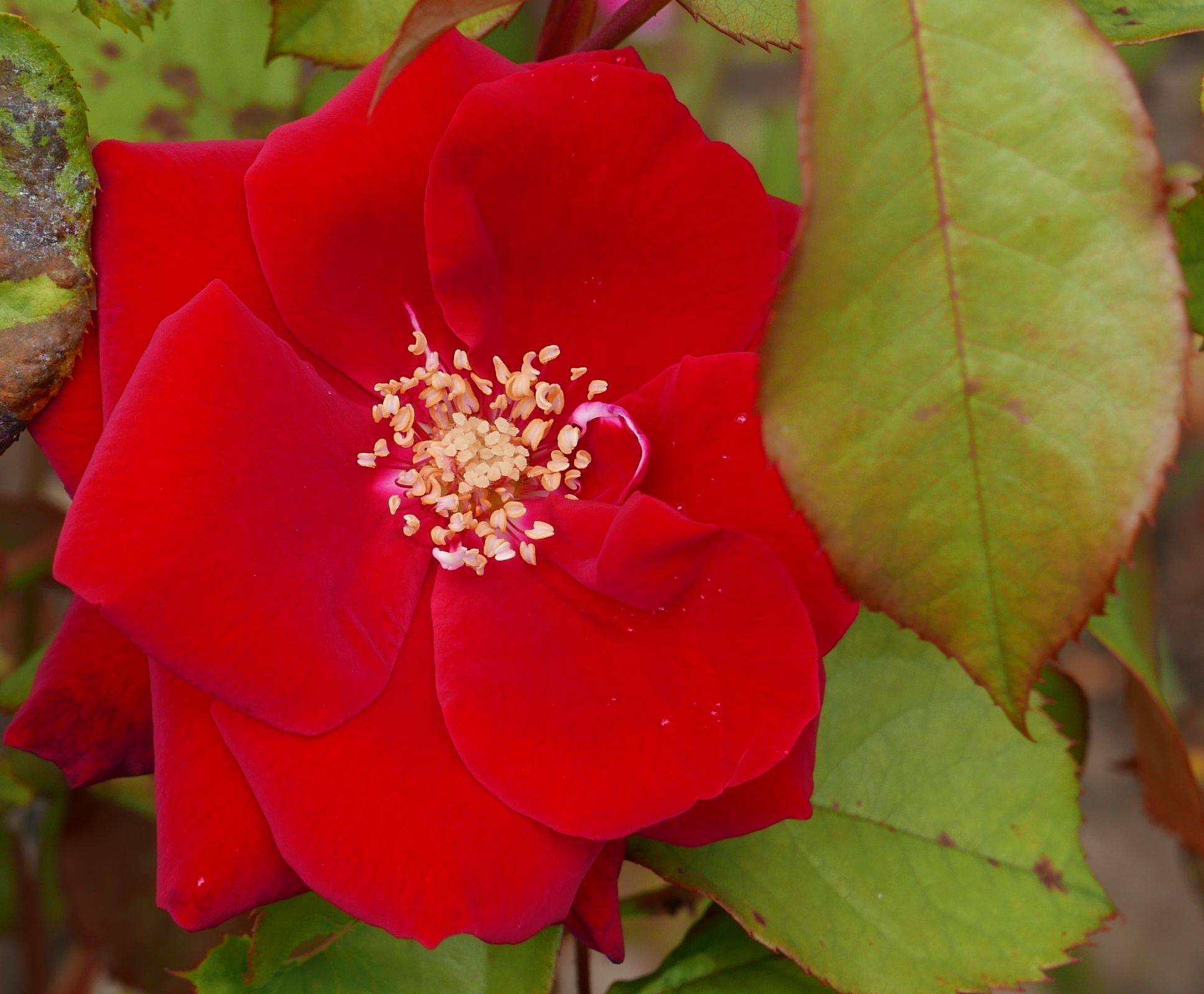
‘Fontaine’, Tantau, 1969
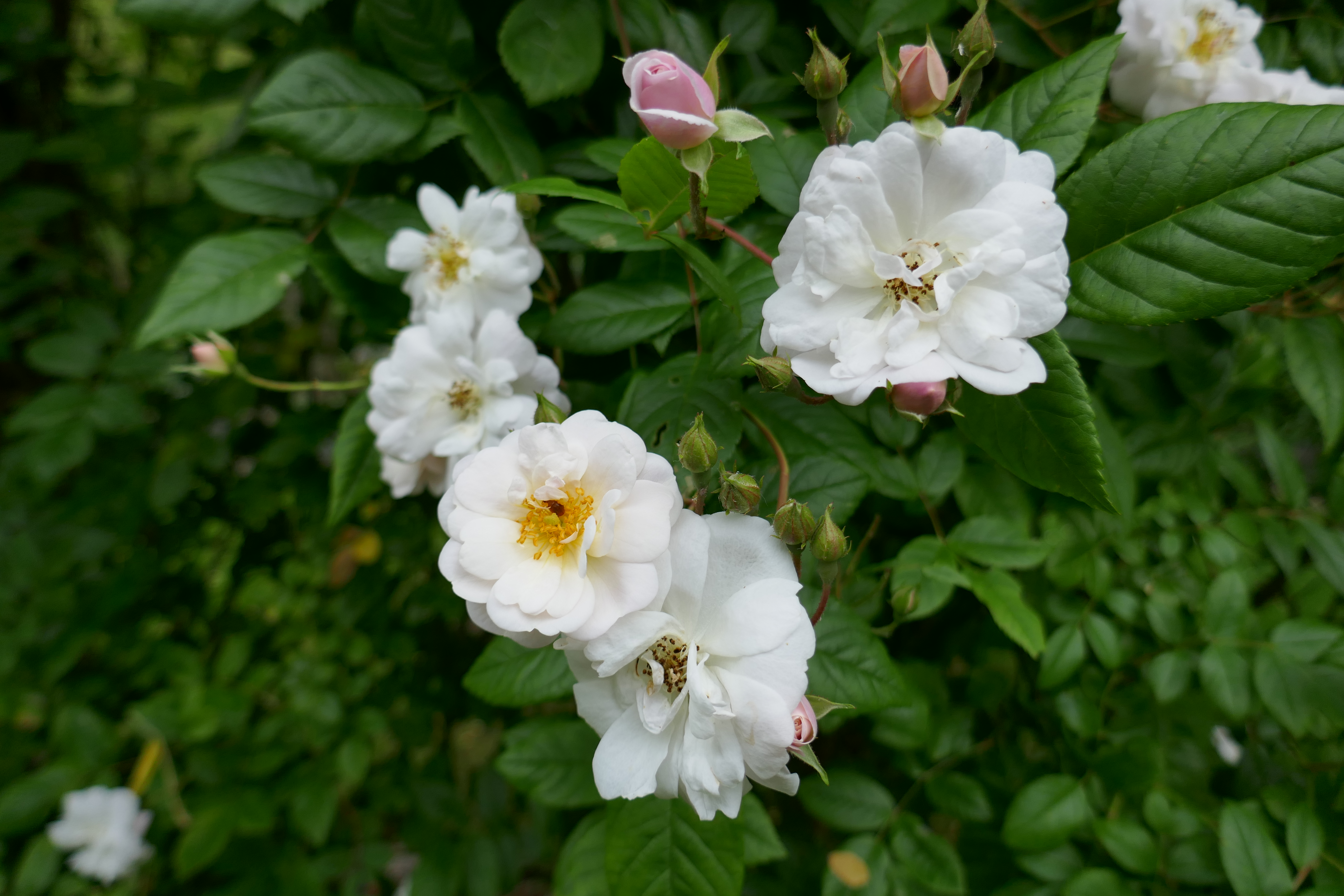
‘Fontaine des Loups’, Louette, 2006
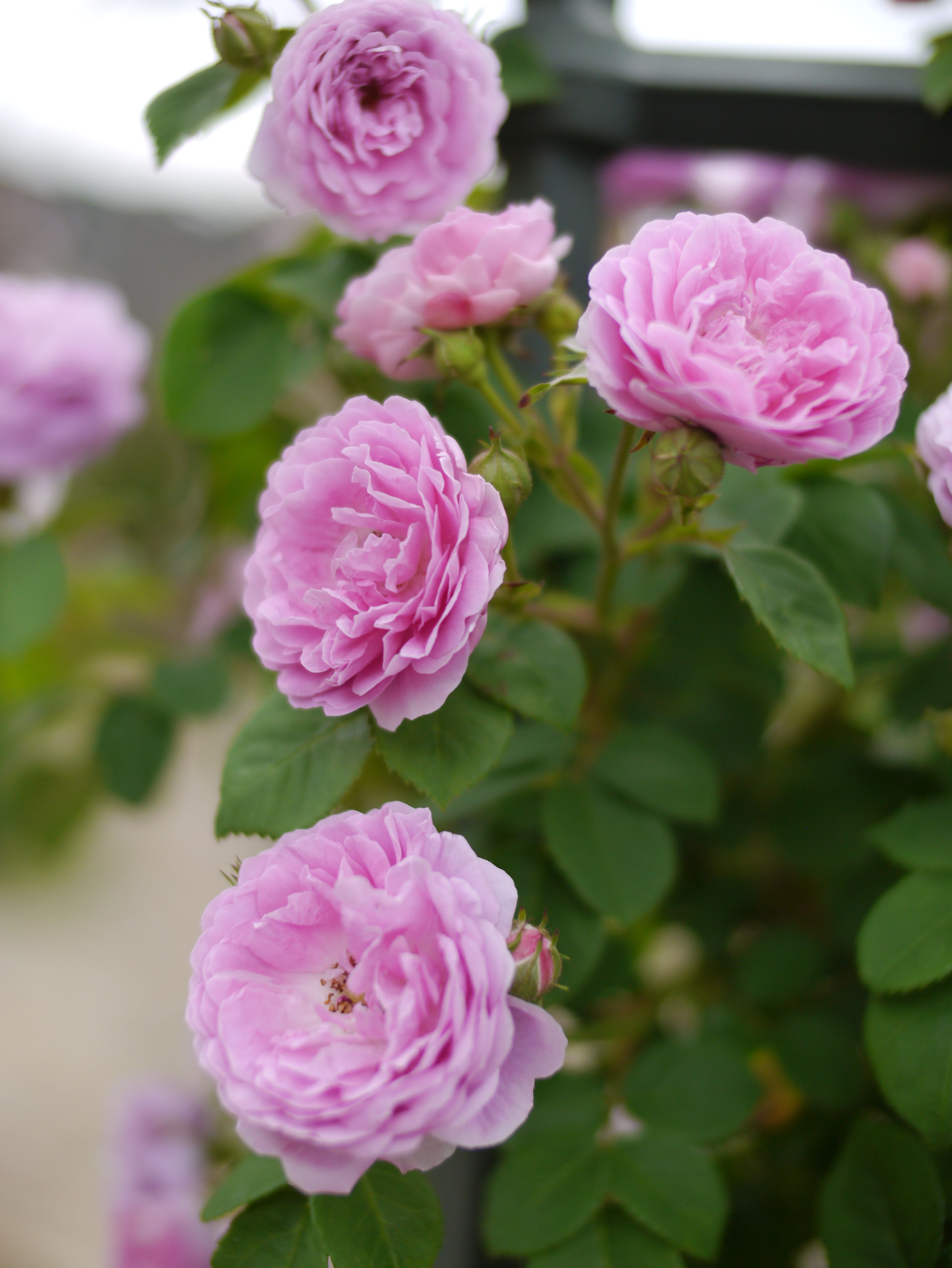
‘Forstmeisters Heim’, Geschwind, 1885
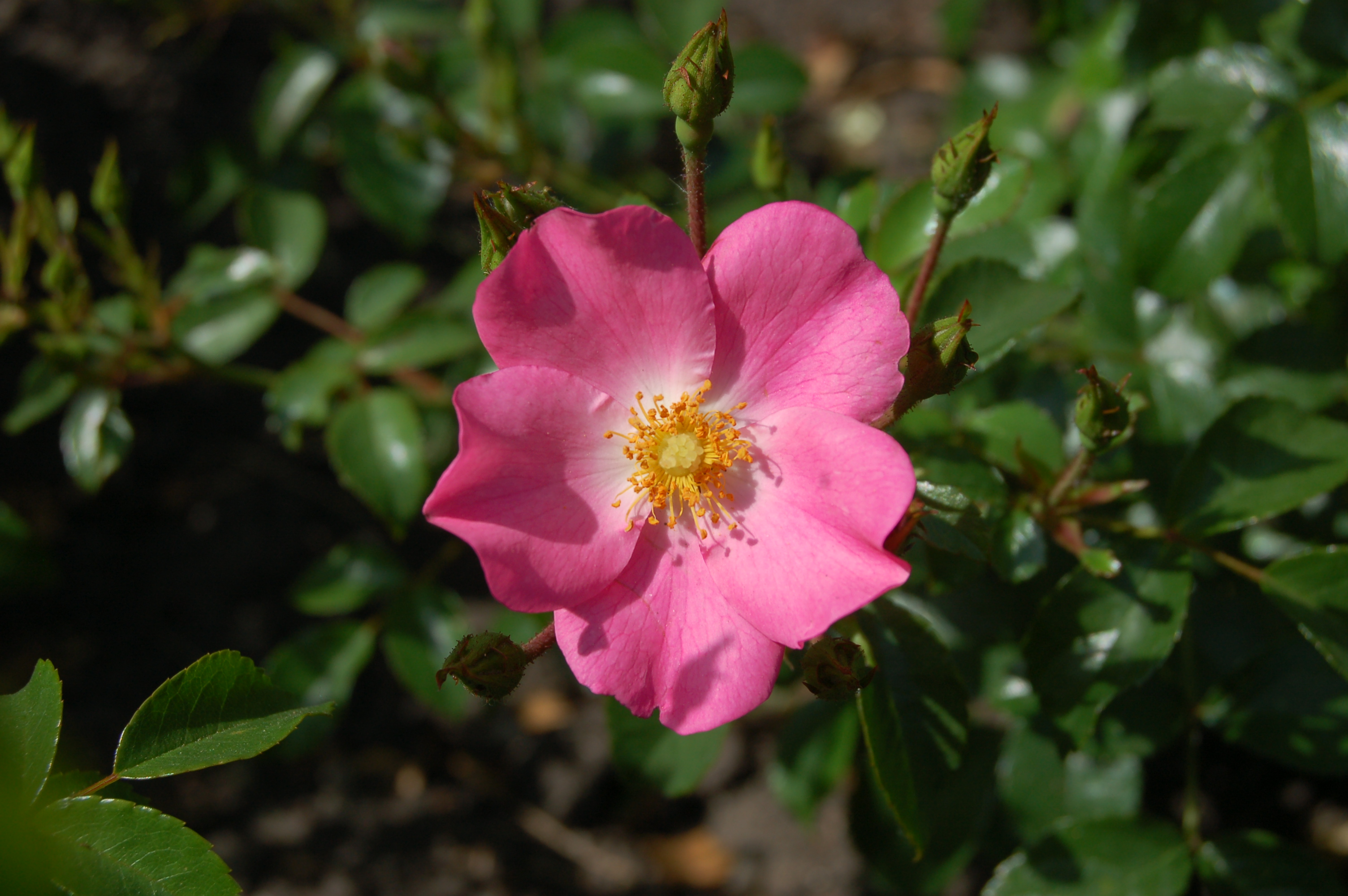
‘Fortuna’, Kordes, 2002
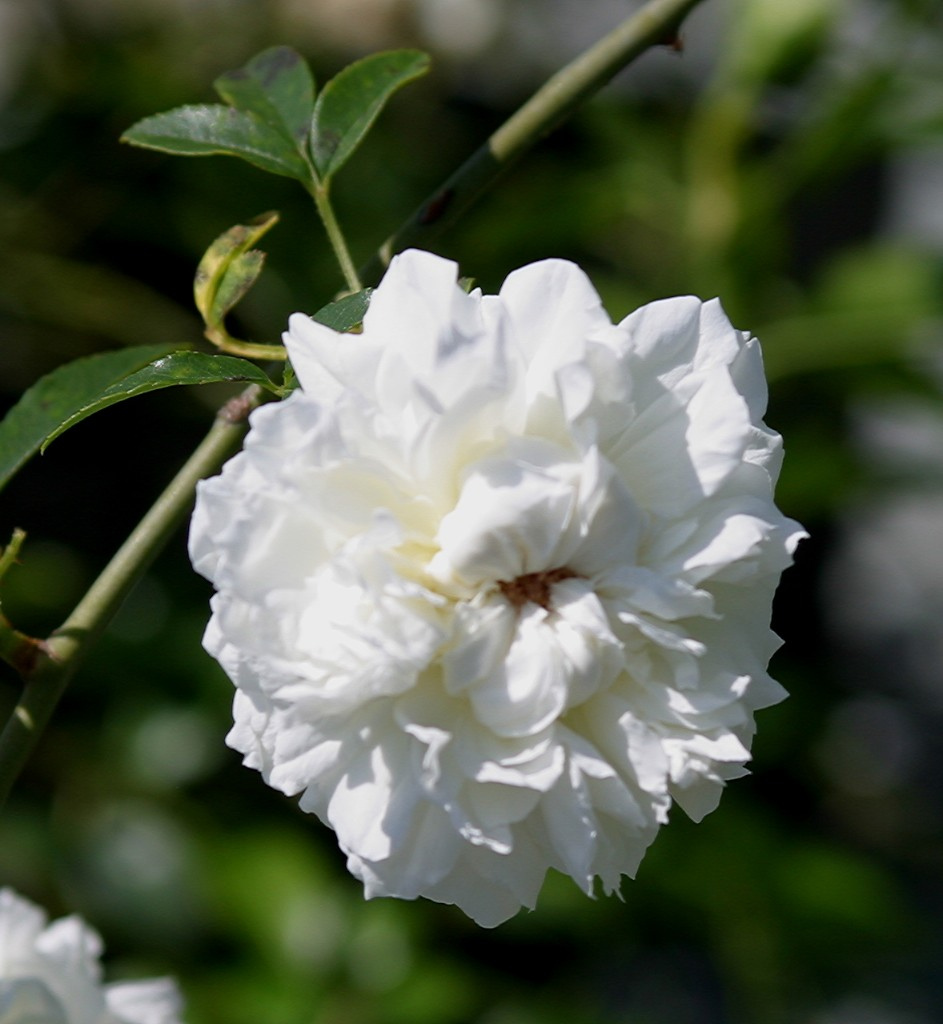
‘Fortuniana’, Robert Fortune, 1850
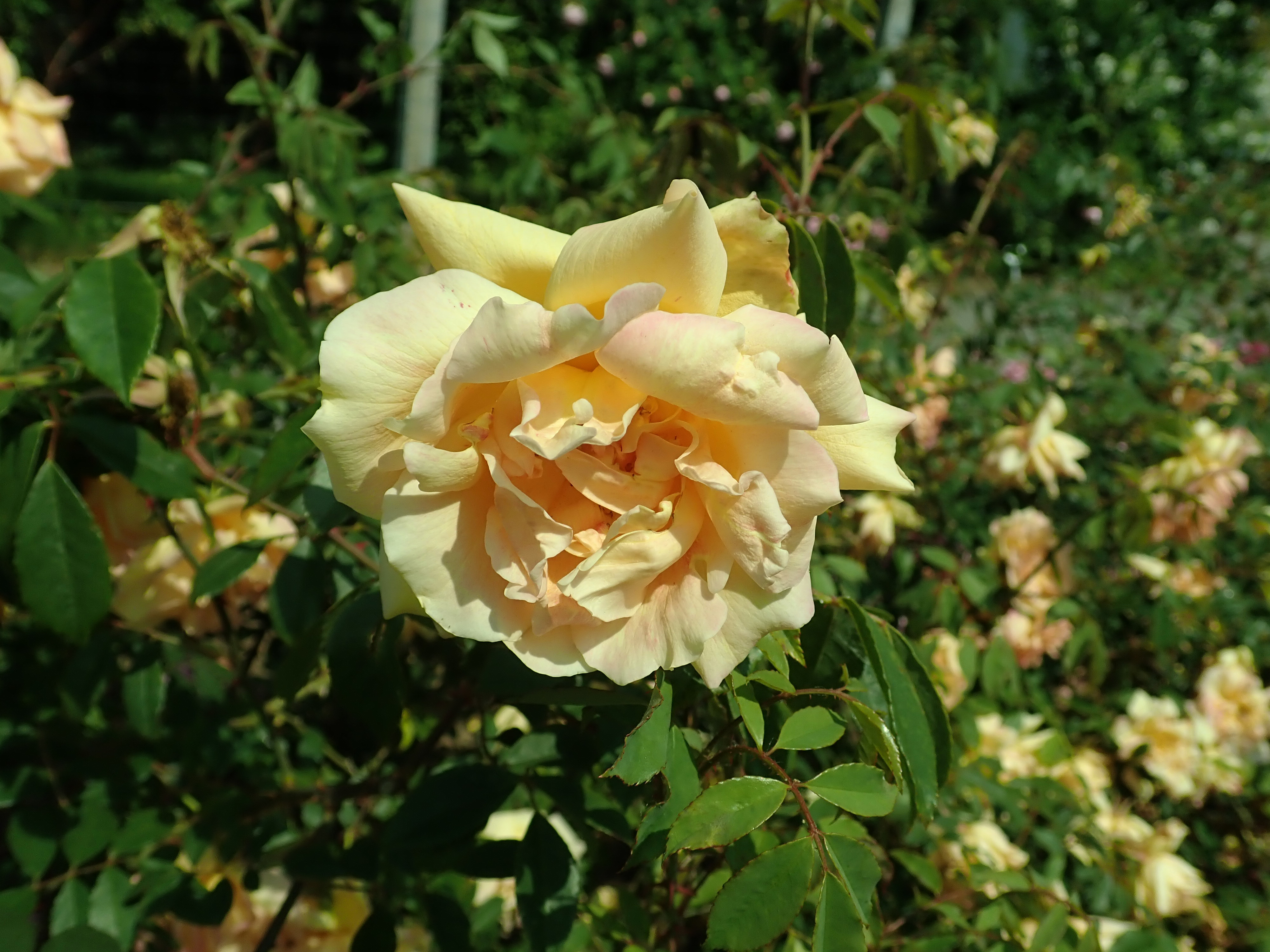
‘Fortune’s Double Yellow’ (auch ‘San Raphael Rose’, ‘Buddha’s Smile’), Robert Fortune, 1844
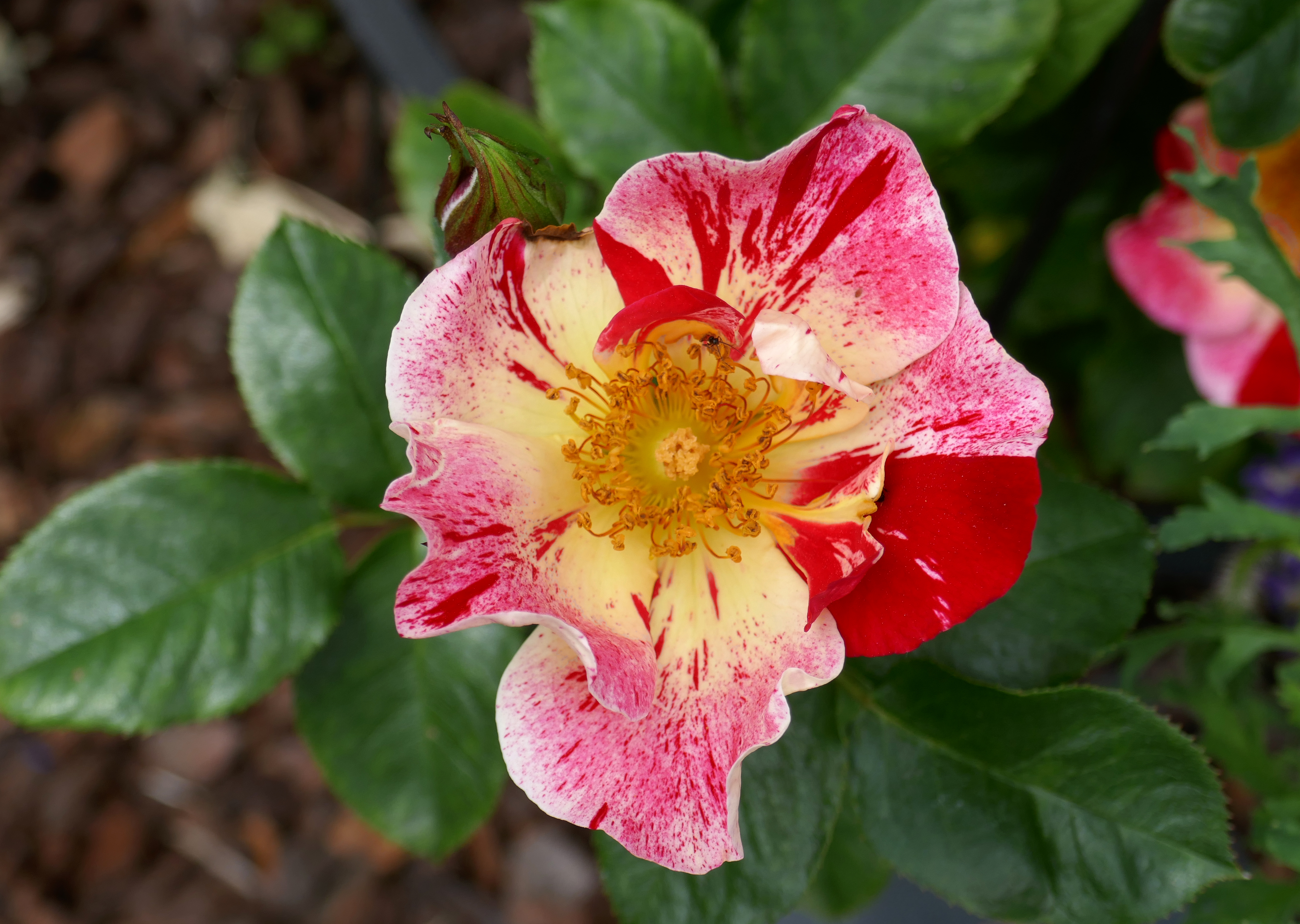
‘Fourth of July’, Carruth, 1999
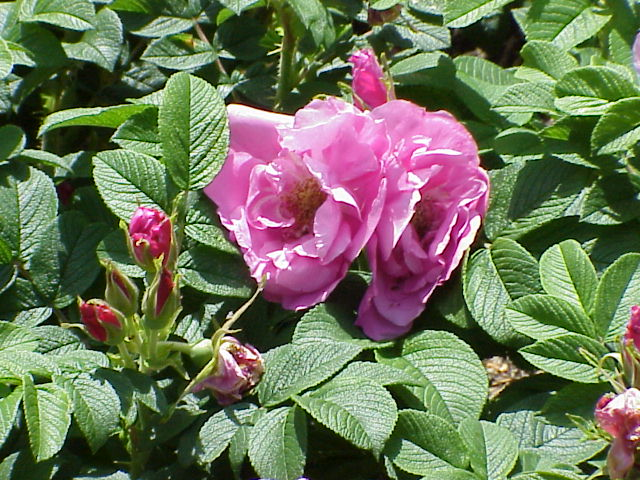
‘Foxi’, Tantau/Uhl, 1993
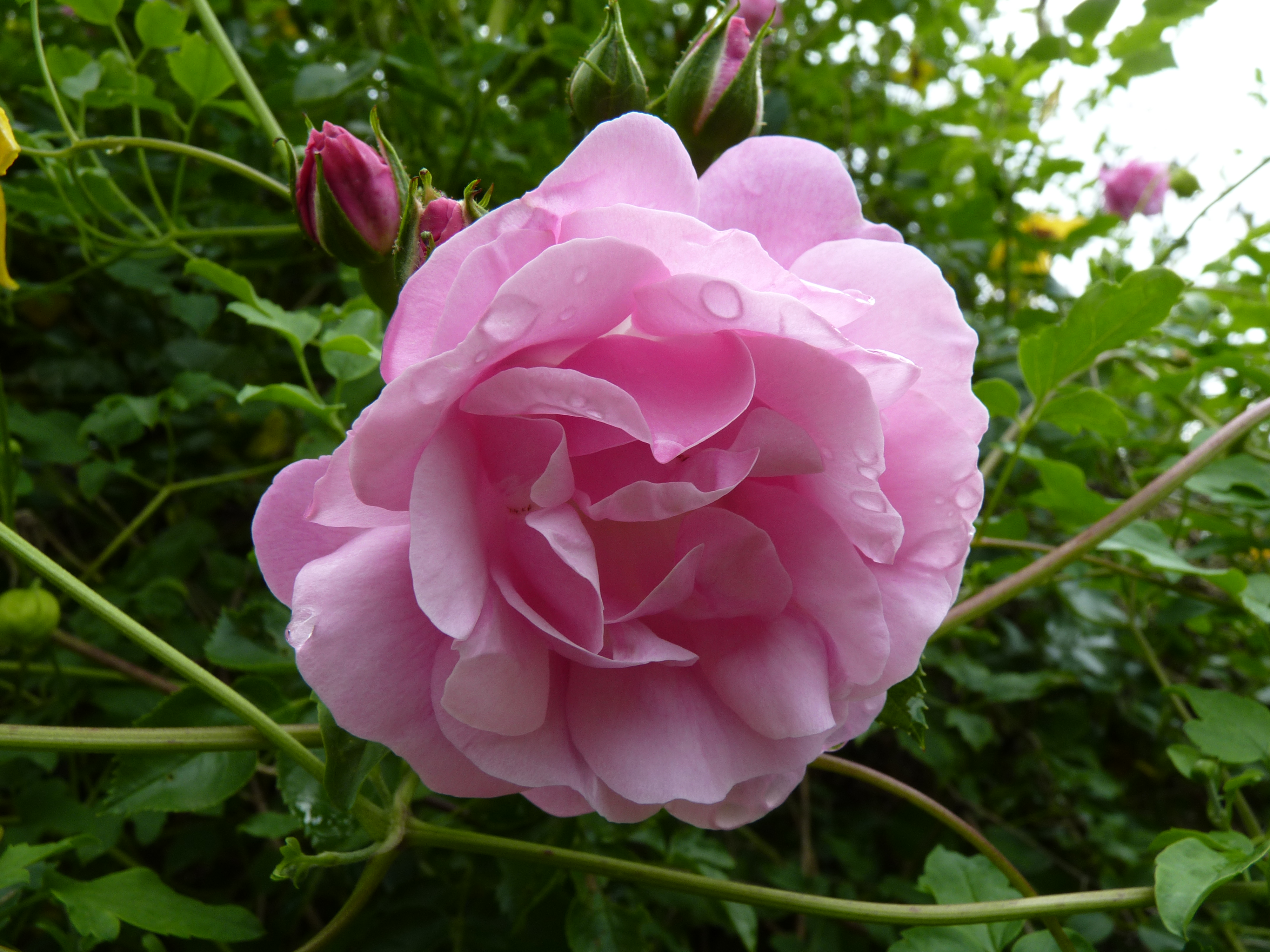
‘Fragezeichen’, Böttner, 1910
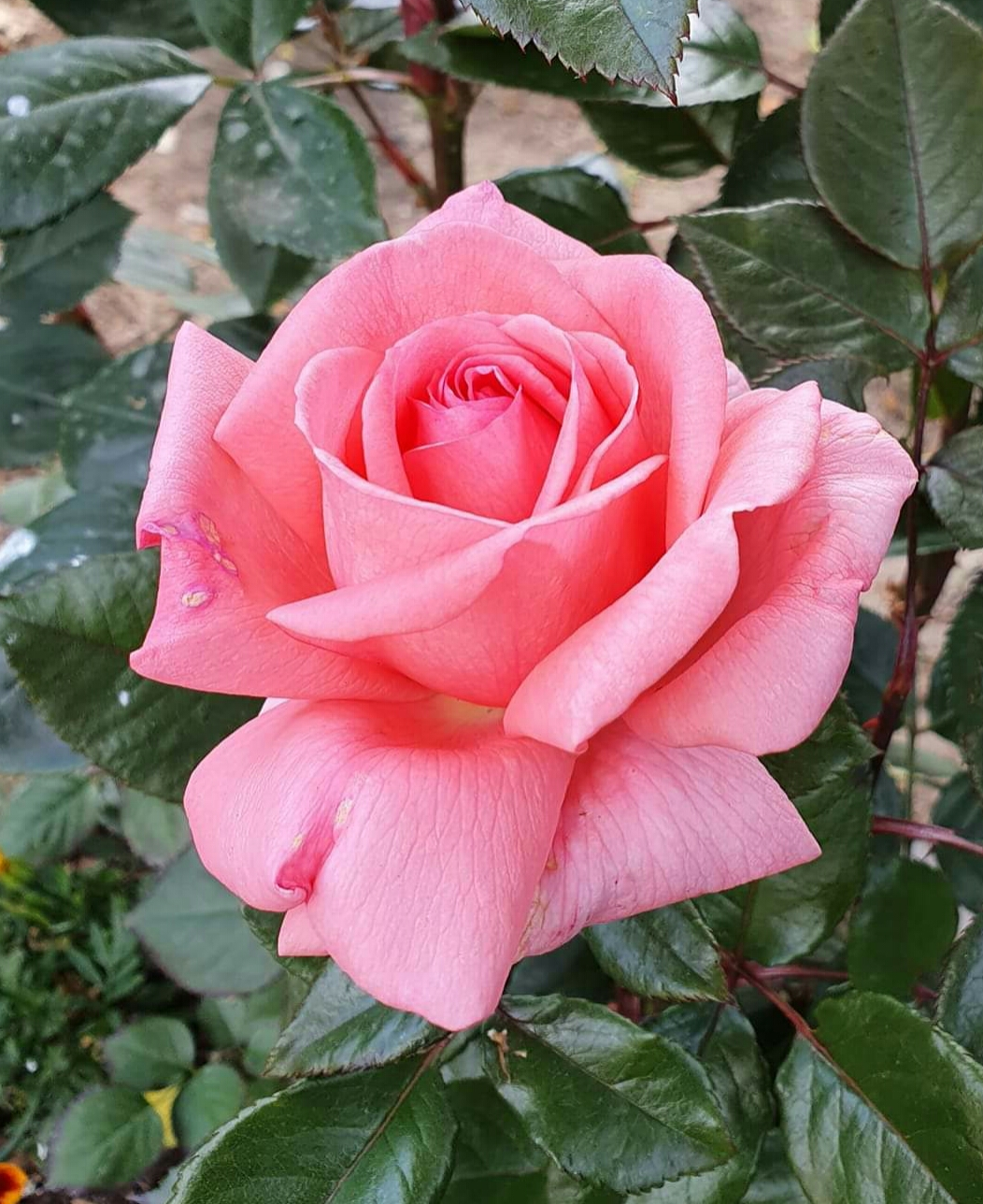
‘Fragonard’, Delbard, 2011
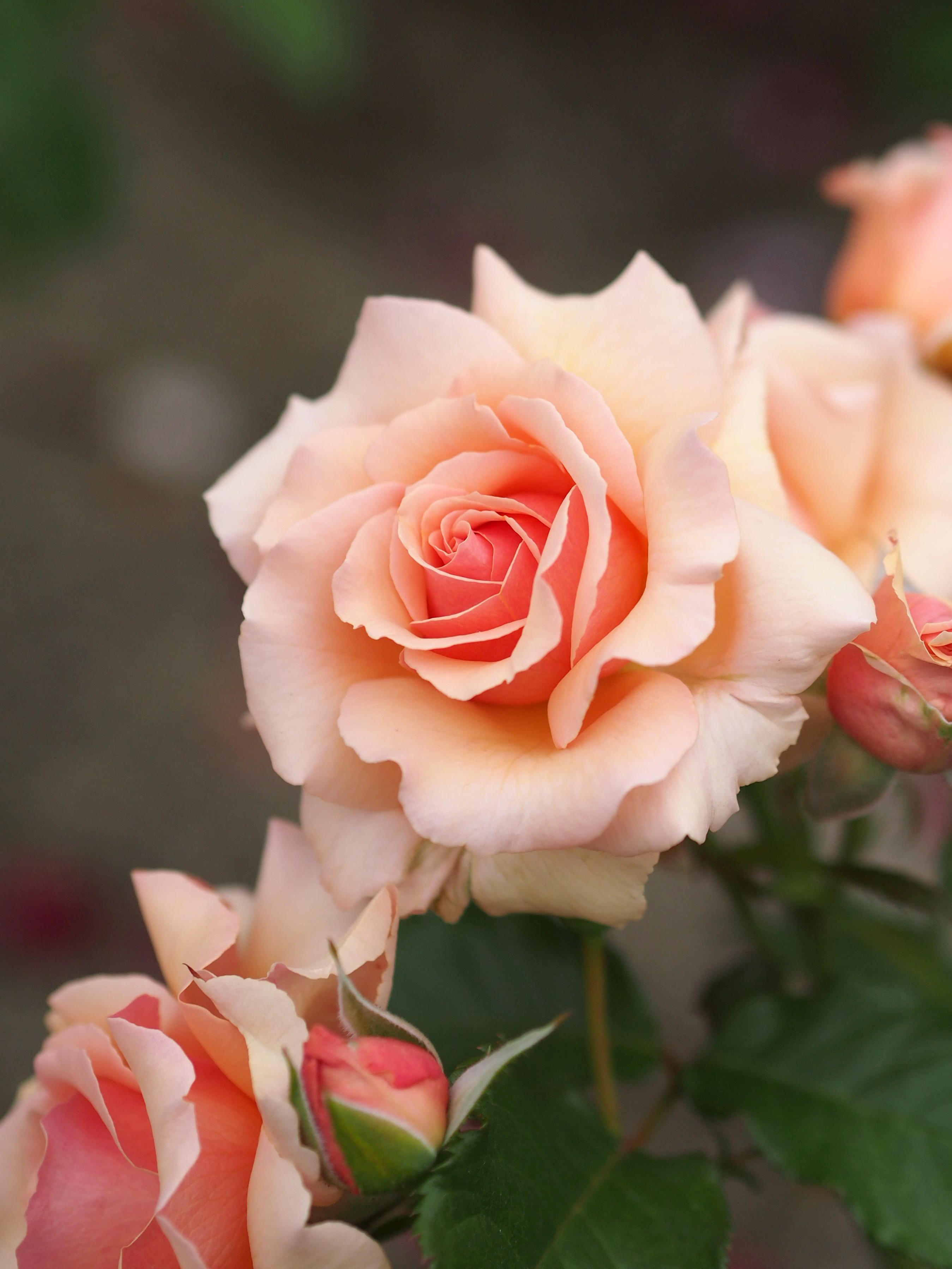
‘Fragrant Apricot’, Keith W. Zary, vor 1998
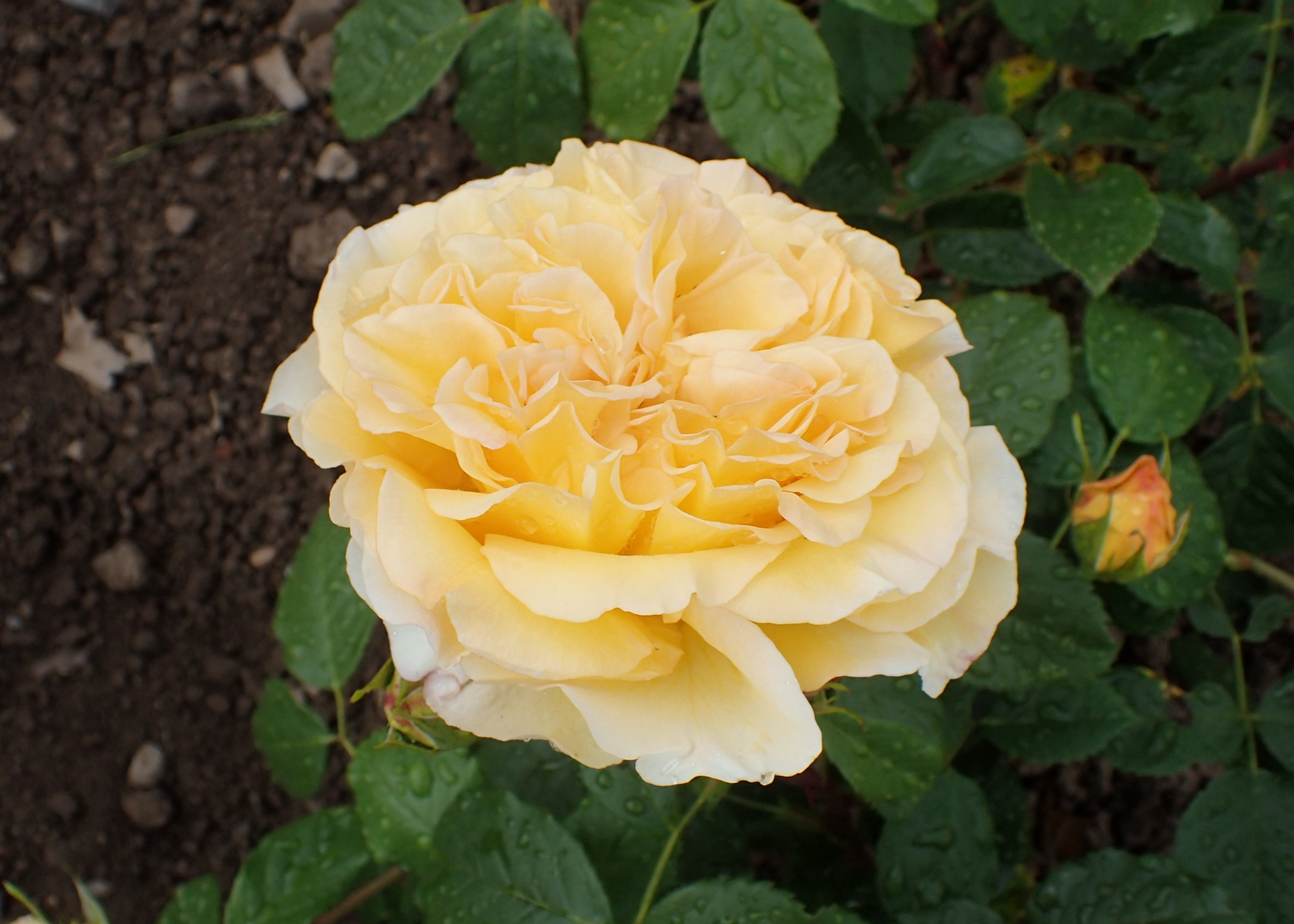
‘France Info’, Delbard, 1987
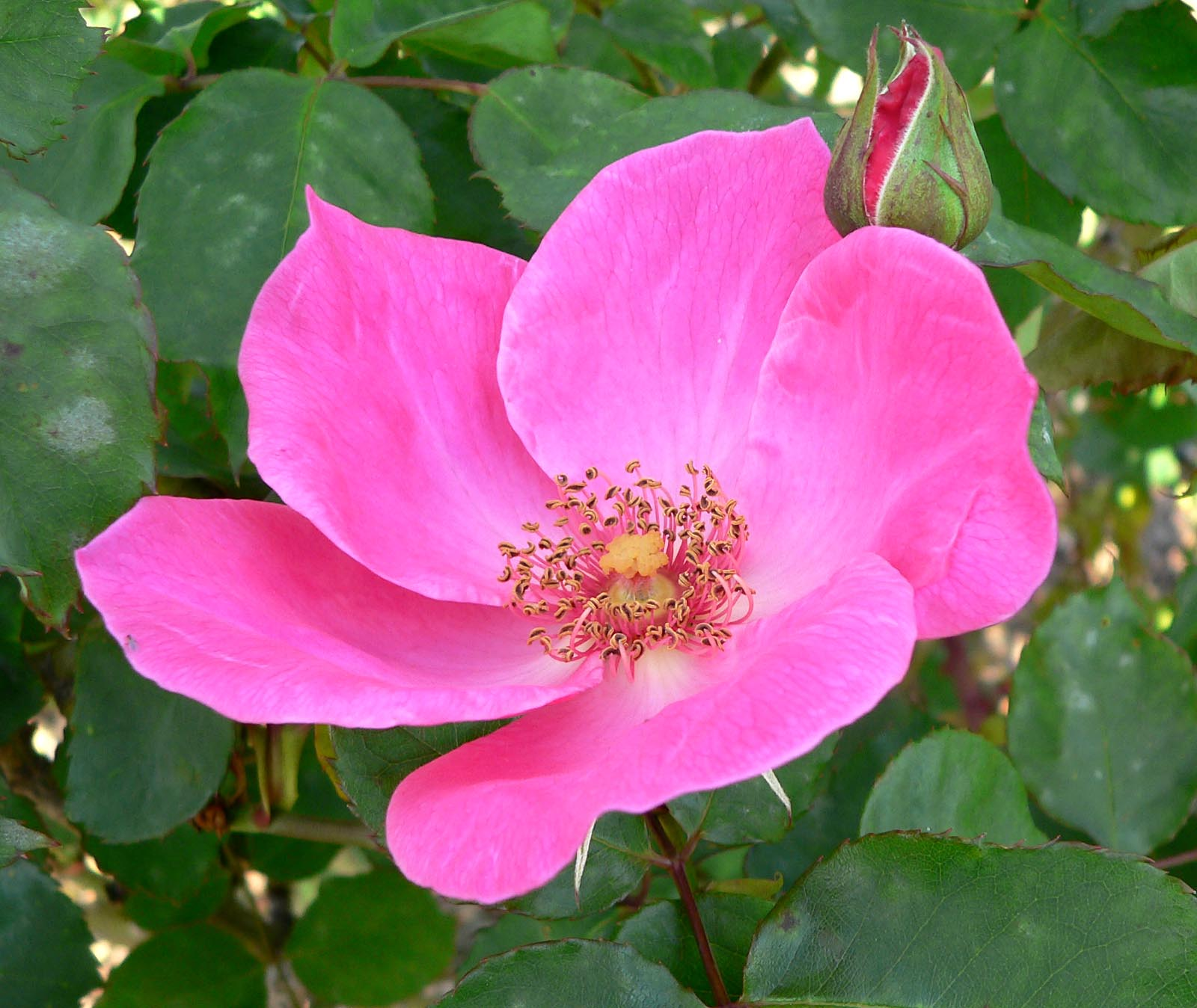
‘Frances Ashton’, de Puy, 1937
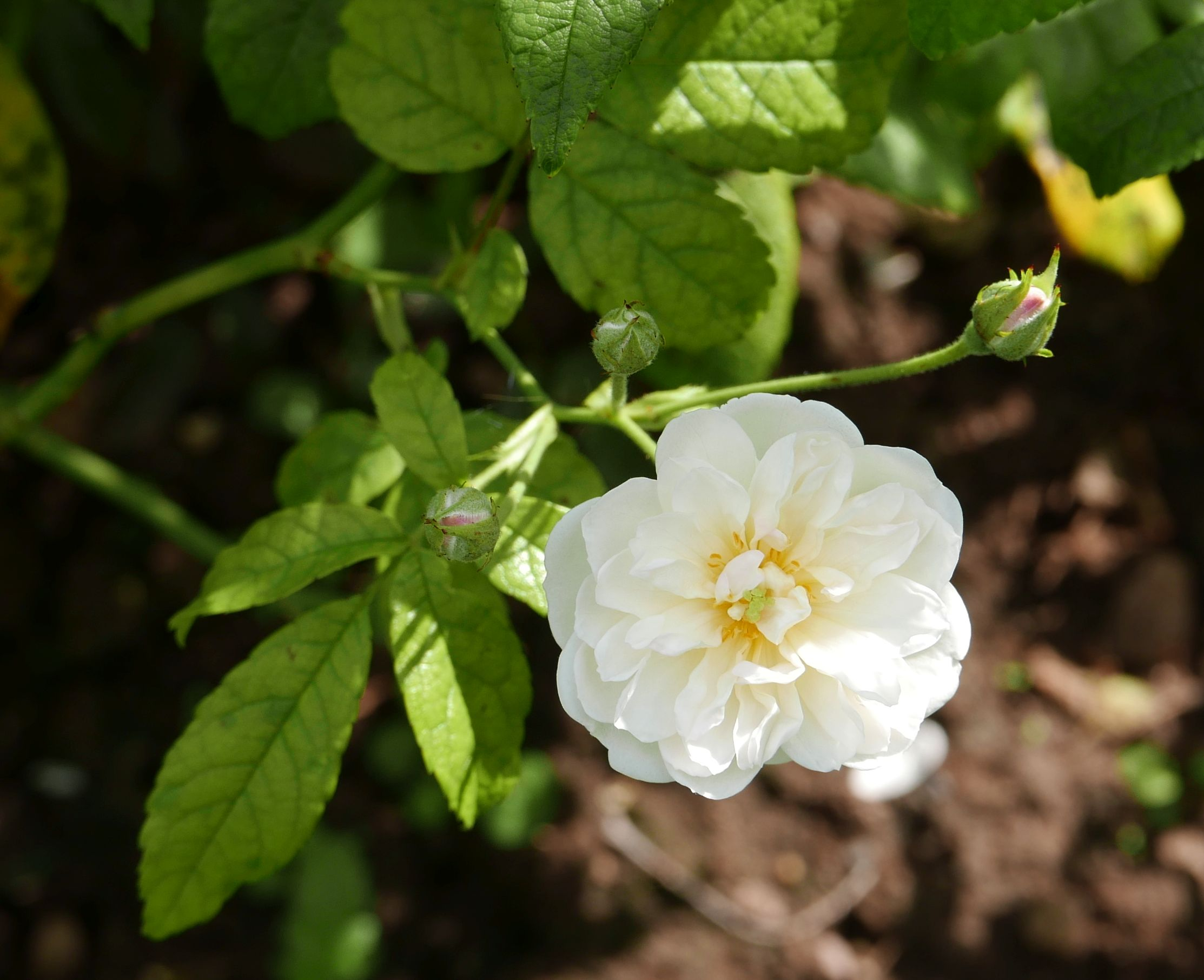
‘Francine Austin’, Austin, 1988
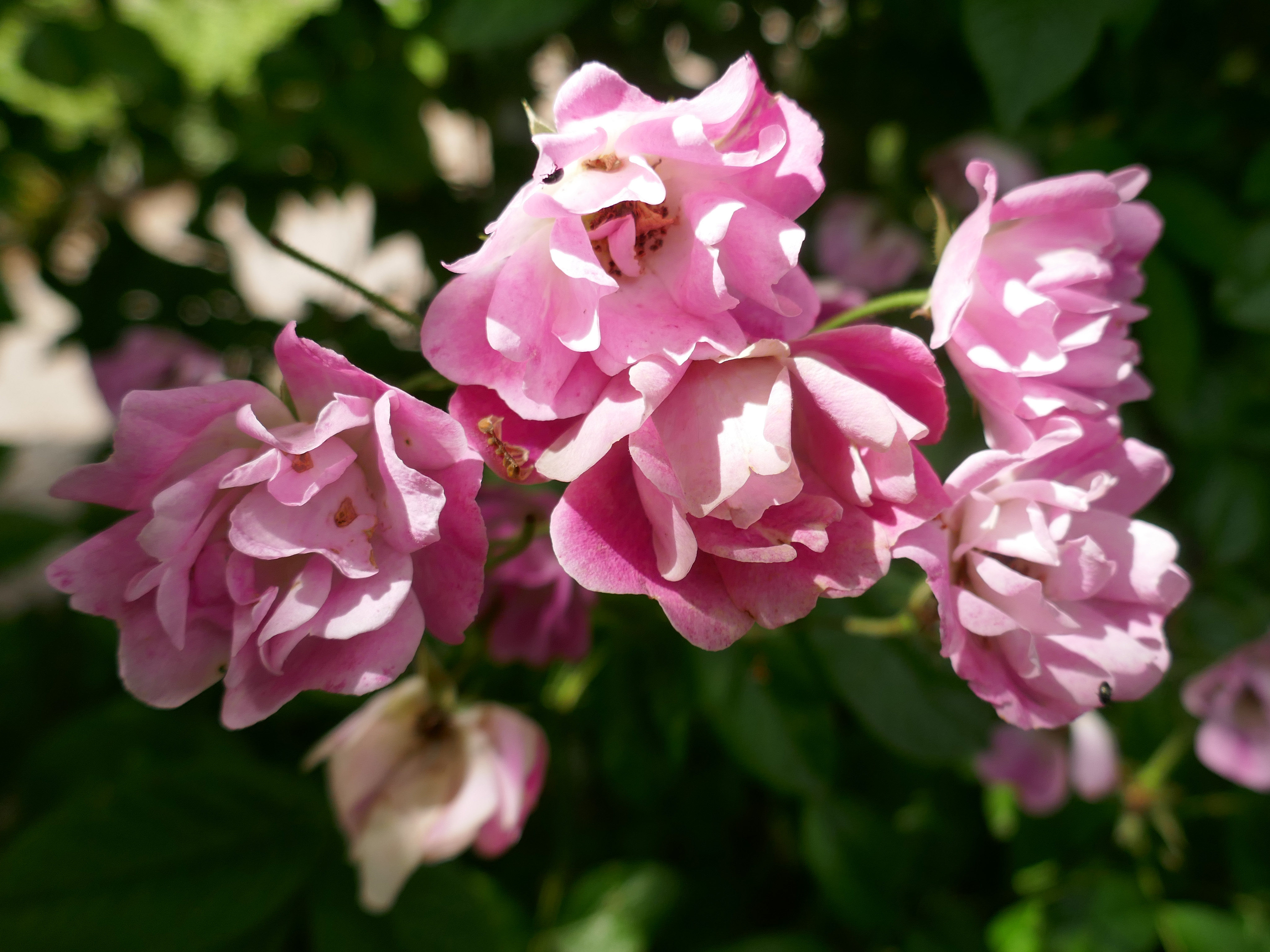
‘Francis’, Fauque et fils, 1908
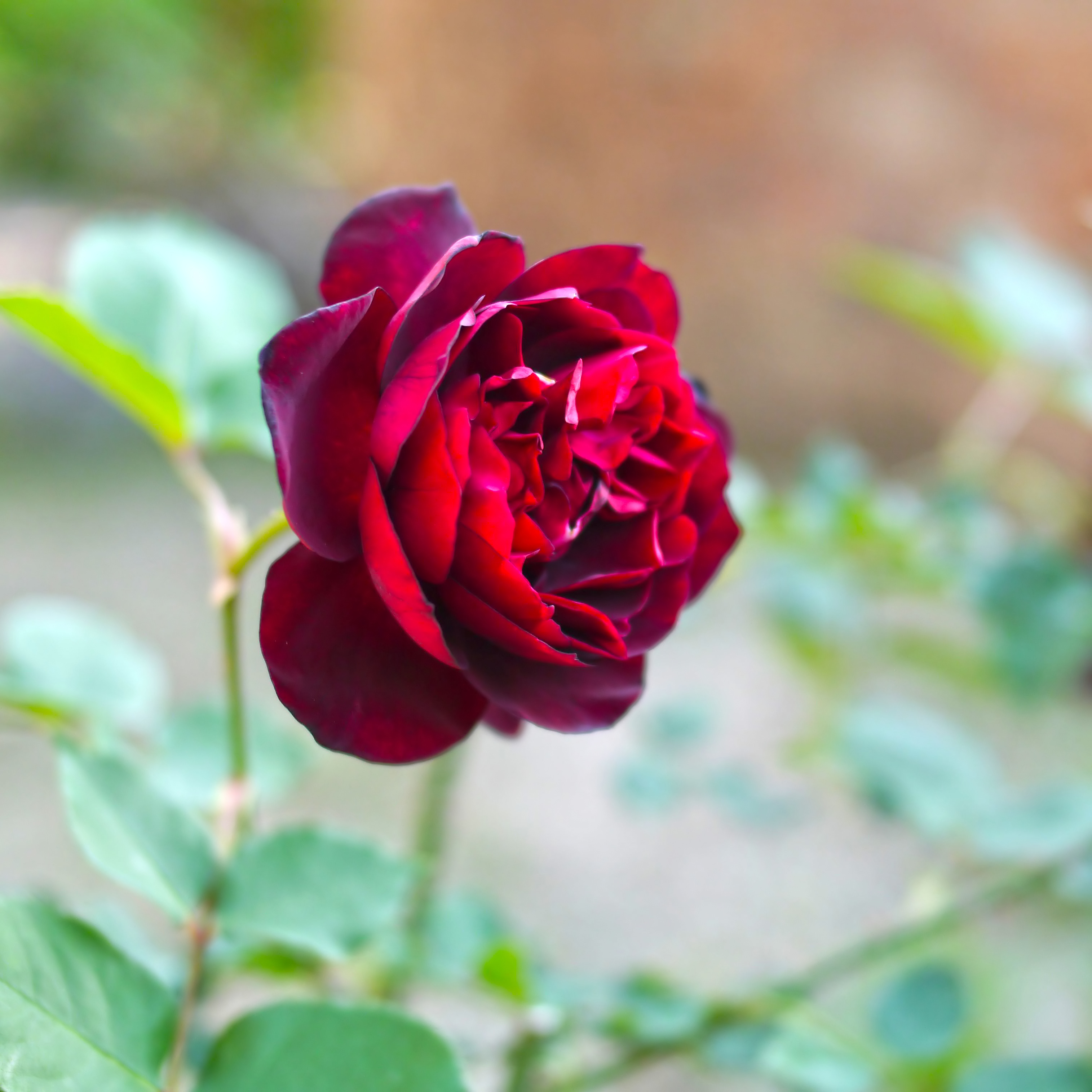
‘Francis Dubreuil’, Francis Dubreuil, 1894
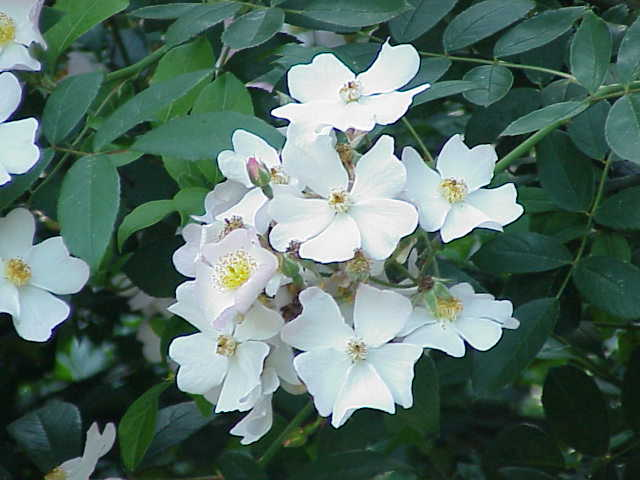
‘Francis E. Lester’, Lester, 1946
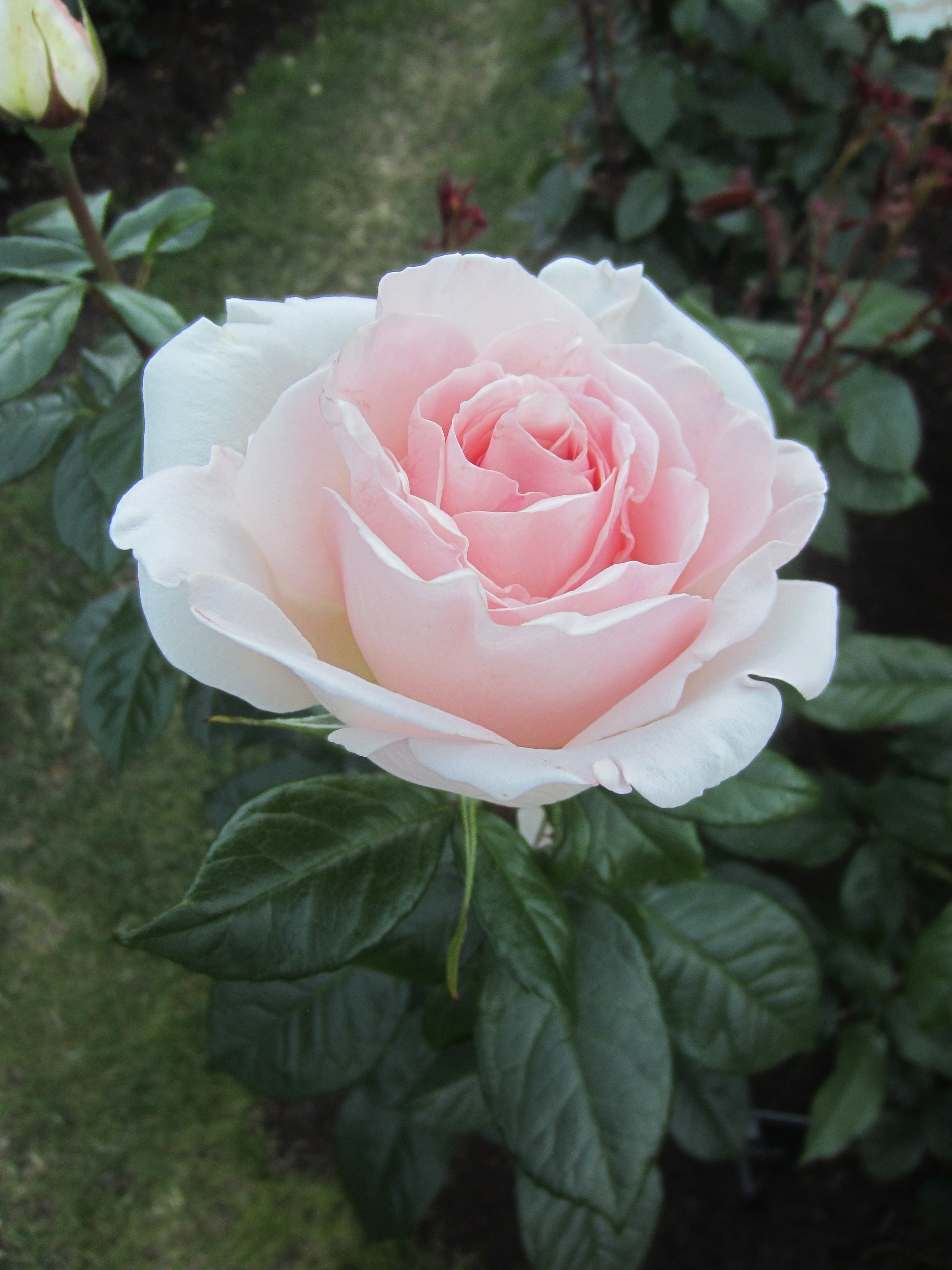
‘Francis Meilland’, Alain Meilland, 1996/2006
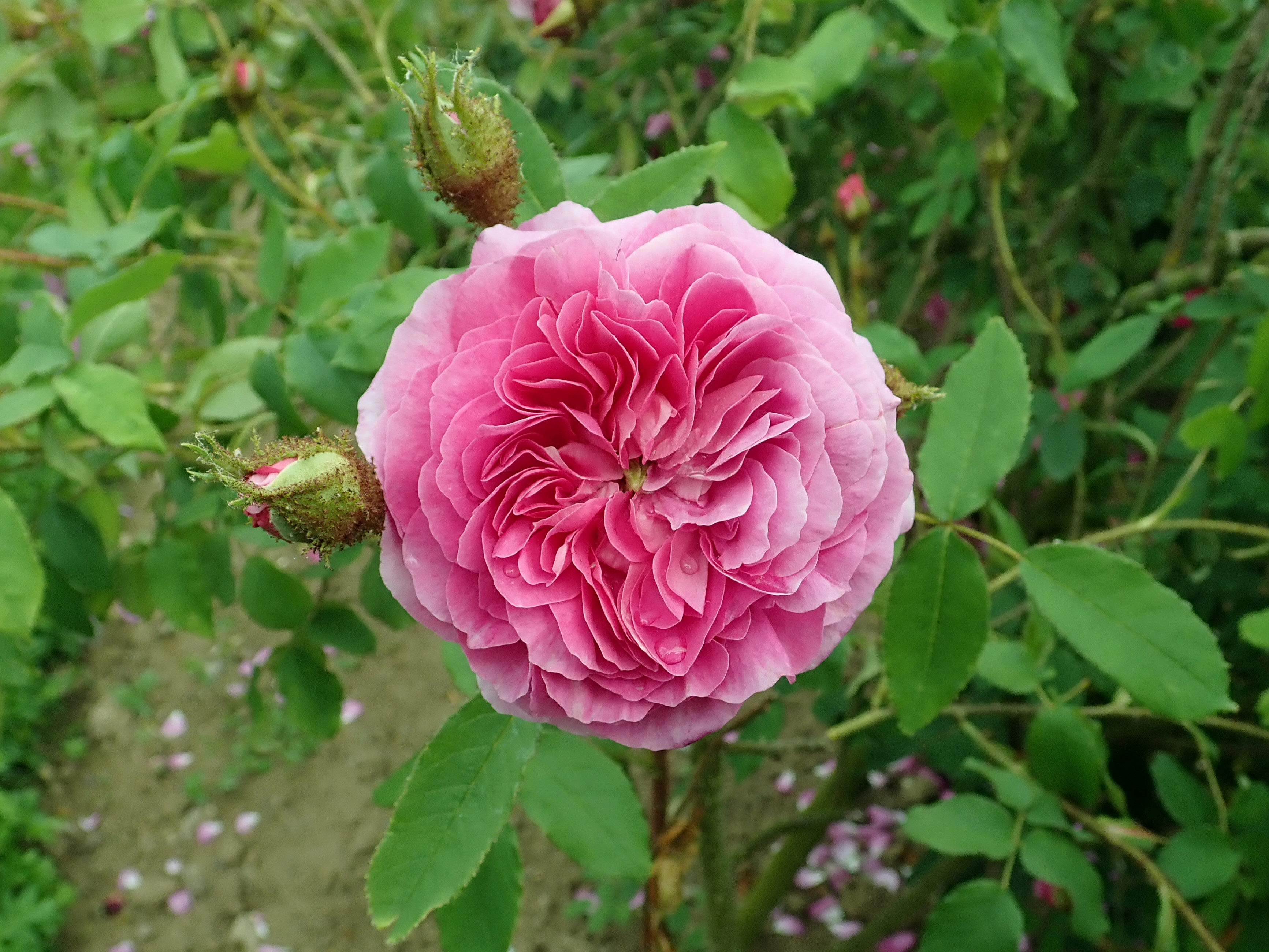
‘François de Salignac’, Robert, 1854
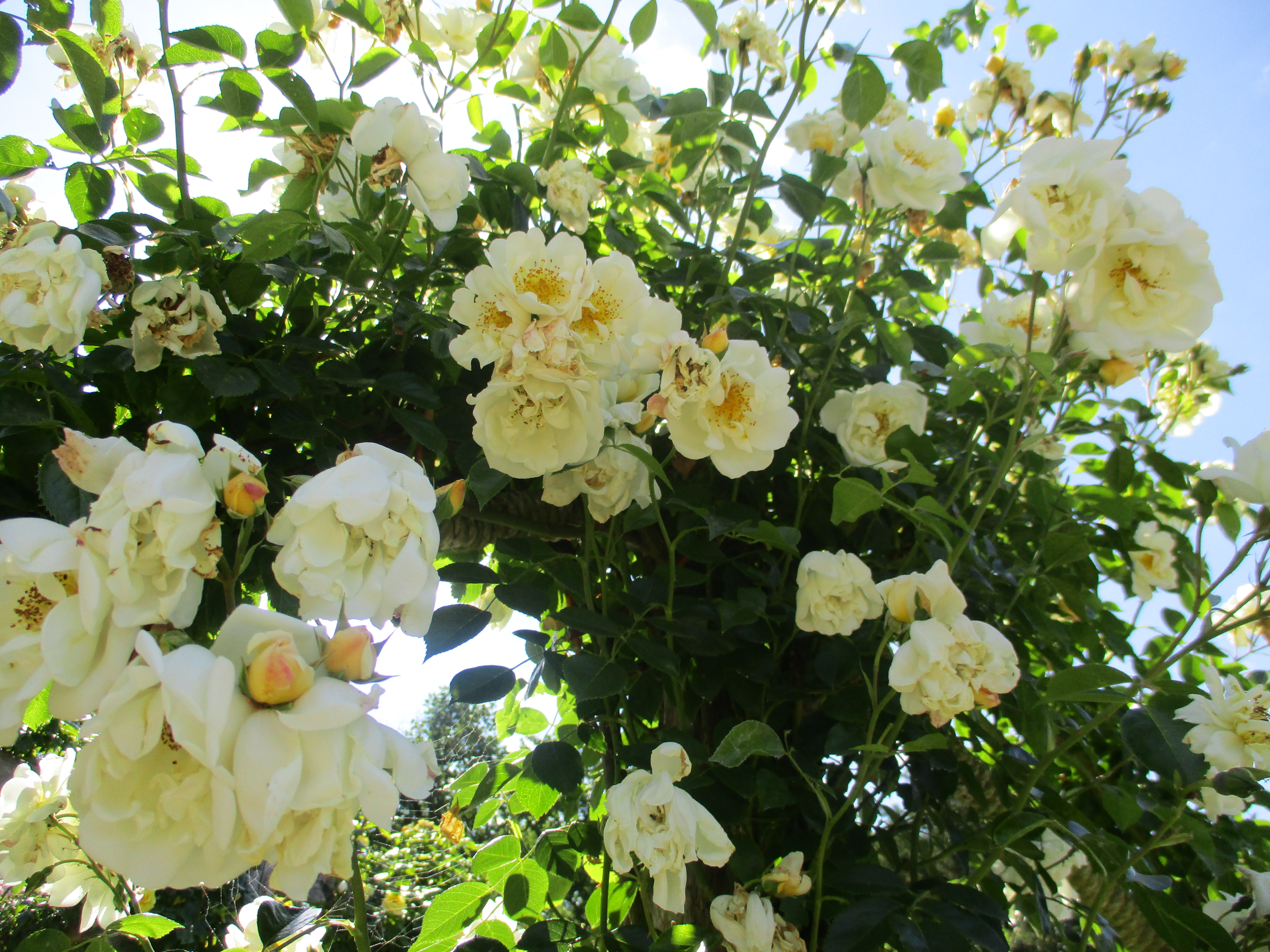
‘François Guillot’, Barbier Frères, 1905
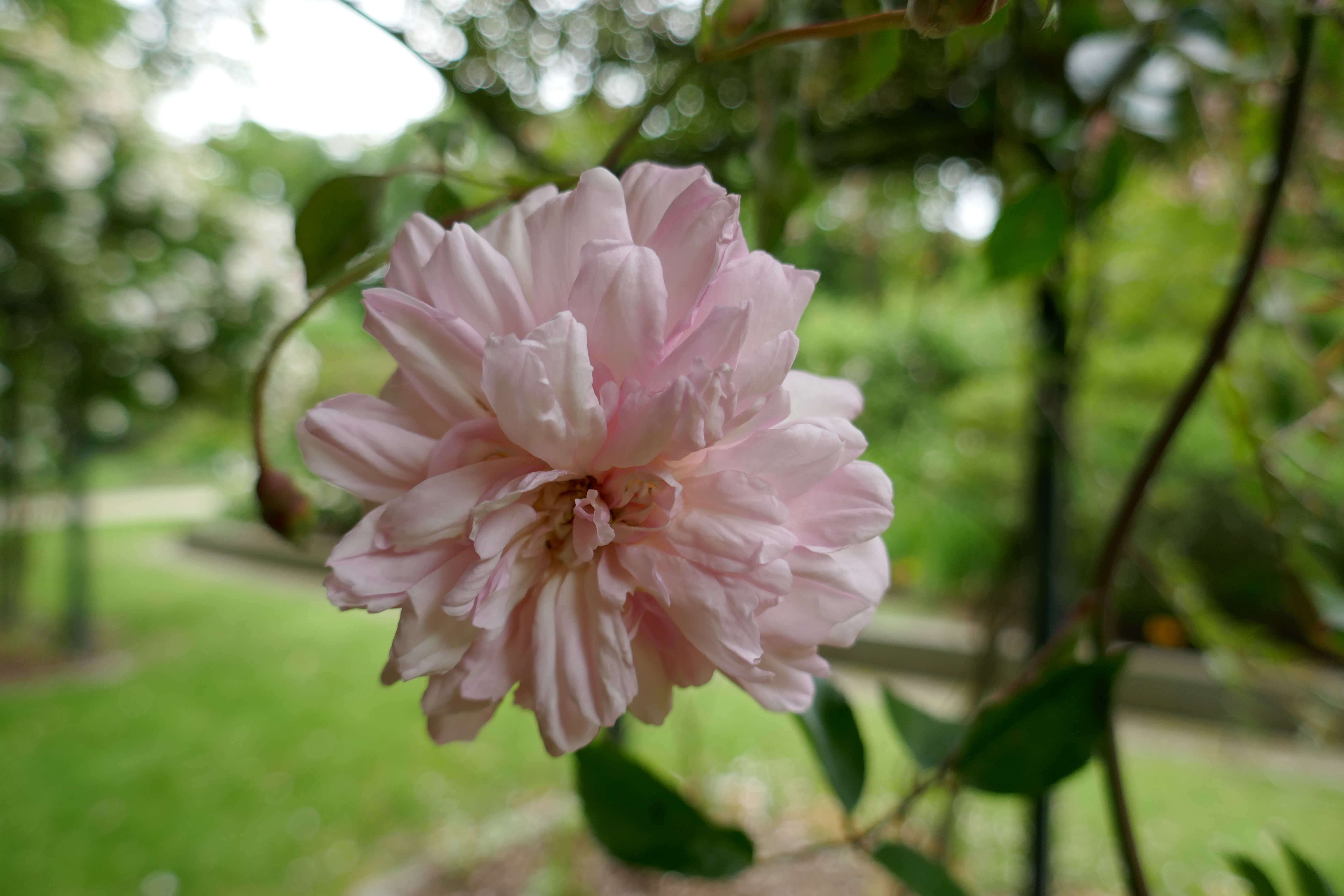
‘François Juranville’, Barbier, 1906
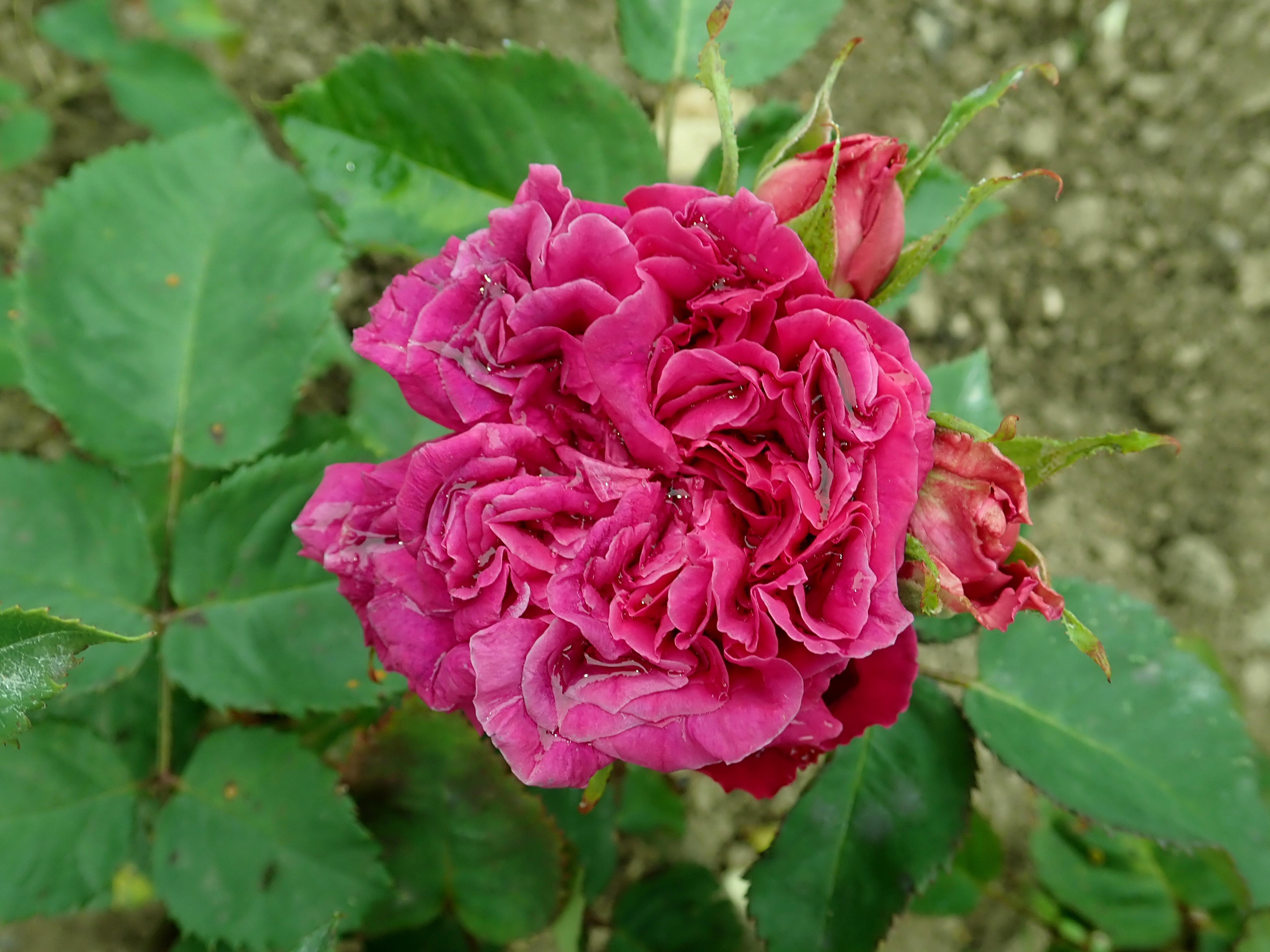
‘François I’, Victor Trouillard, 1859
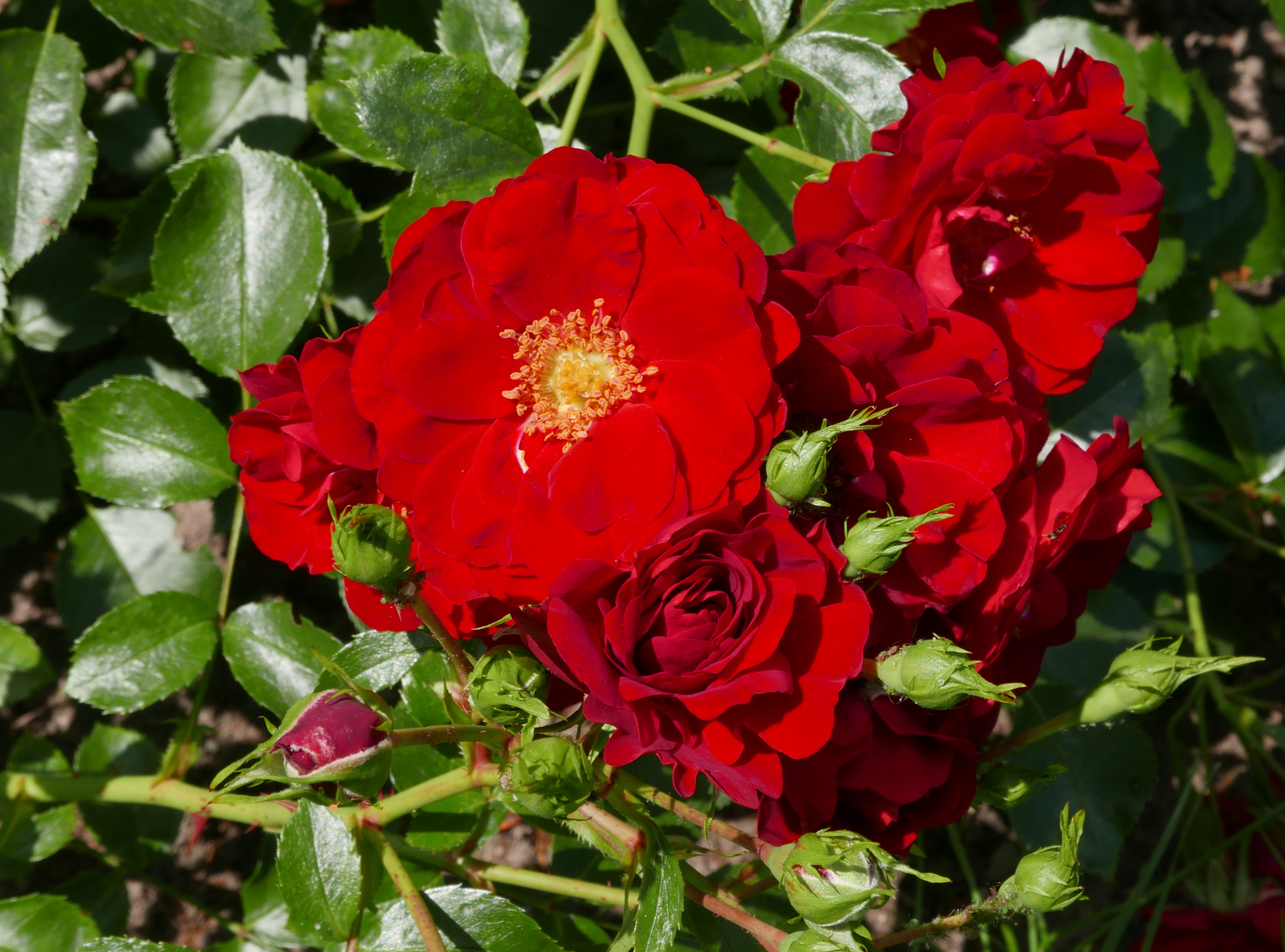
‘Franz Klammers Alpenglühen’, Tantau, 2001
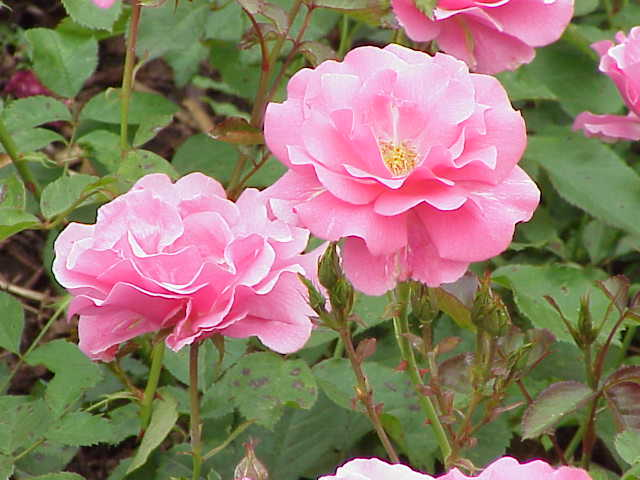
‘Frau Astrid Späth’, Späth, 1930
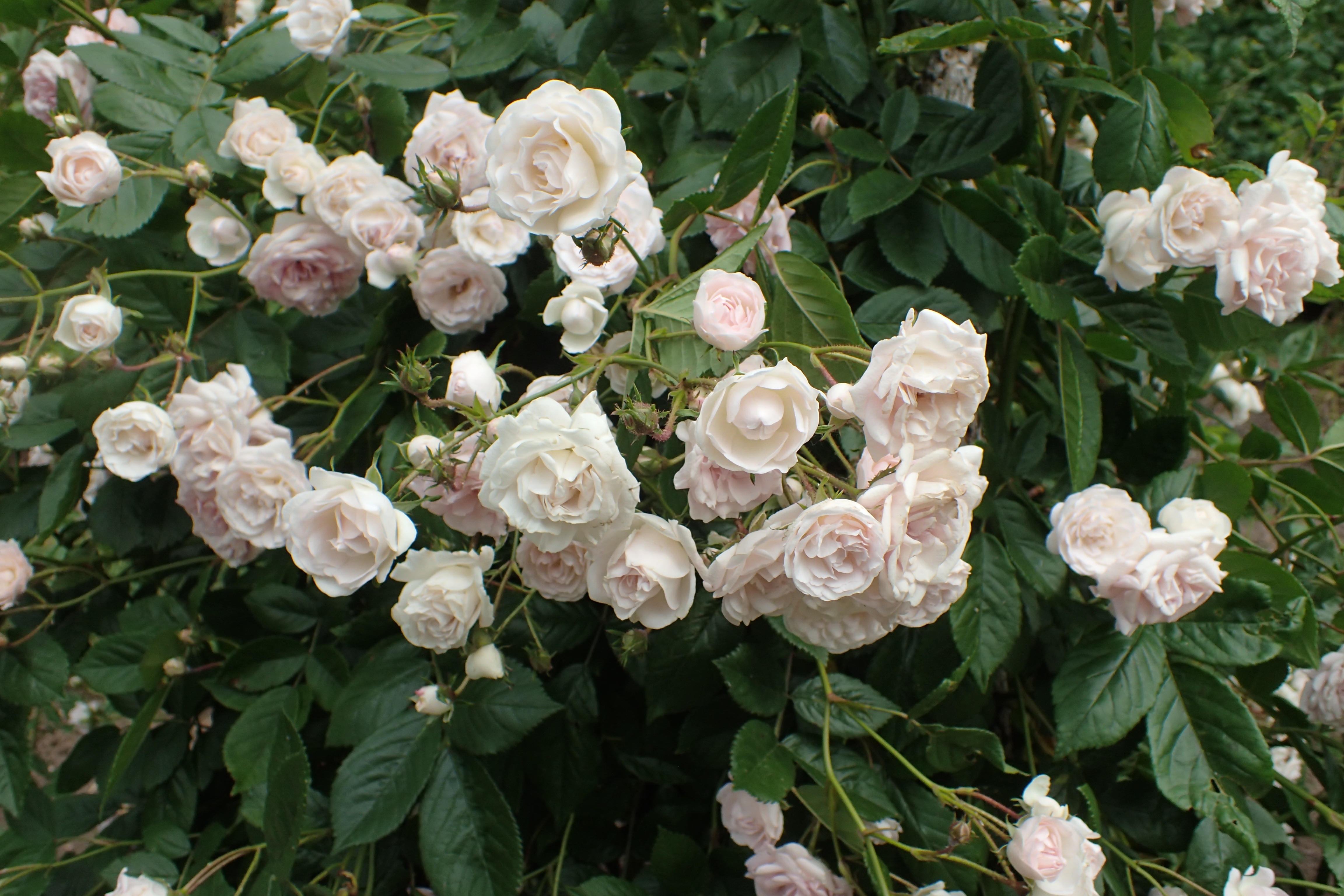
‘Frau Eva Schubert’, Tepelmann, 1937
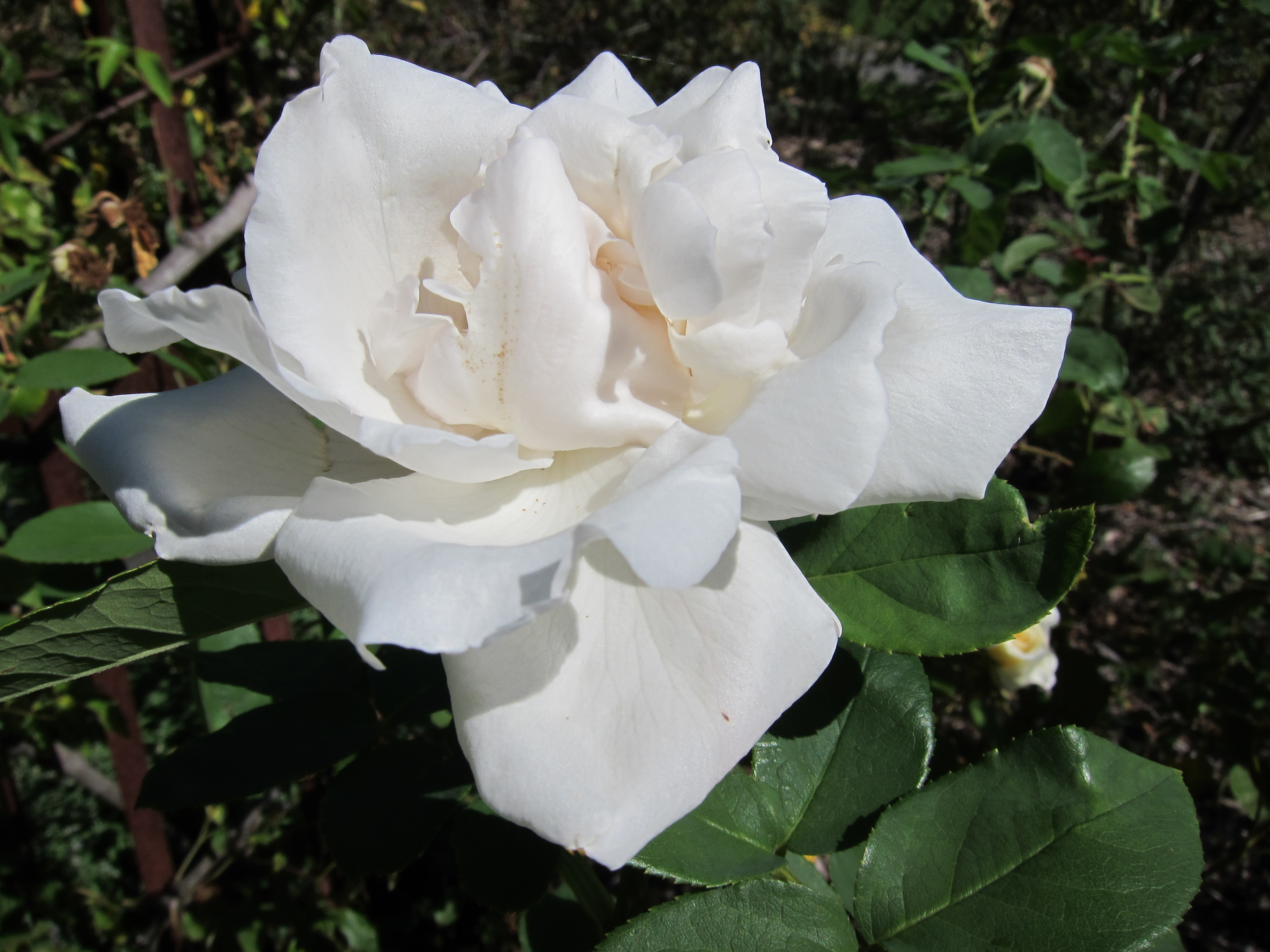
‘Frau Karl Druschki’, Lambert, 1901
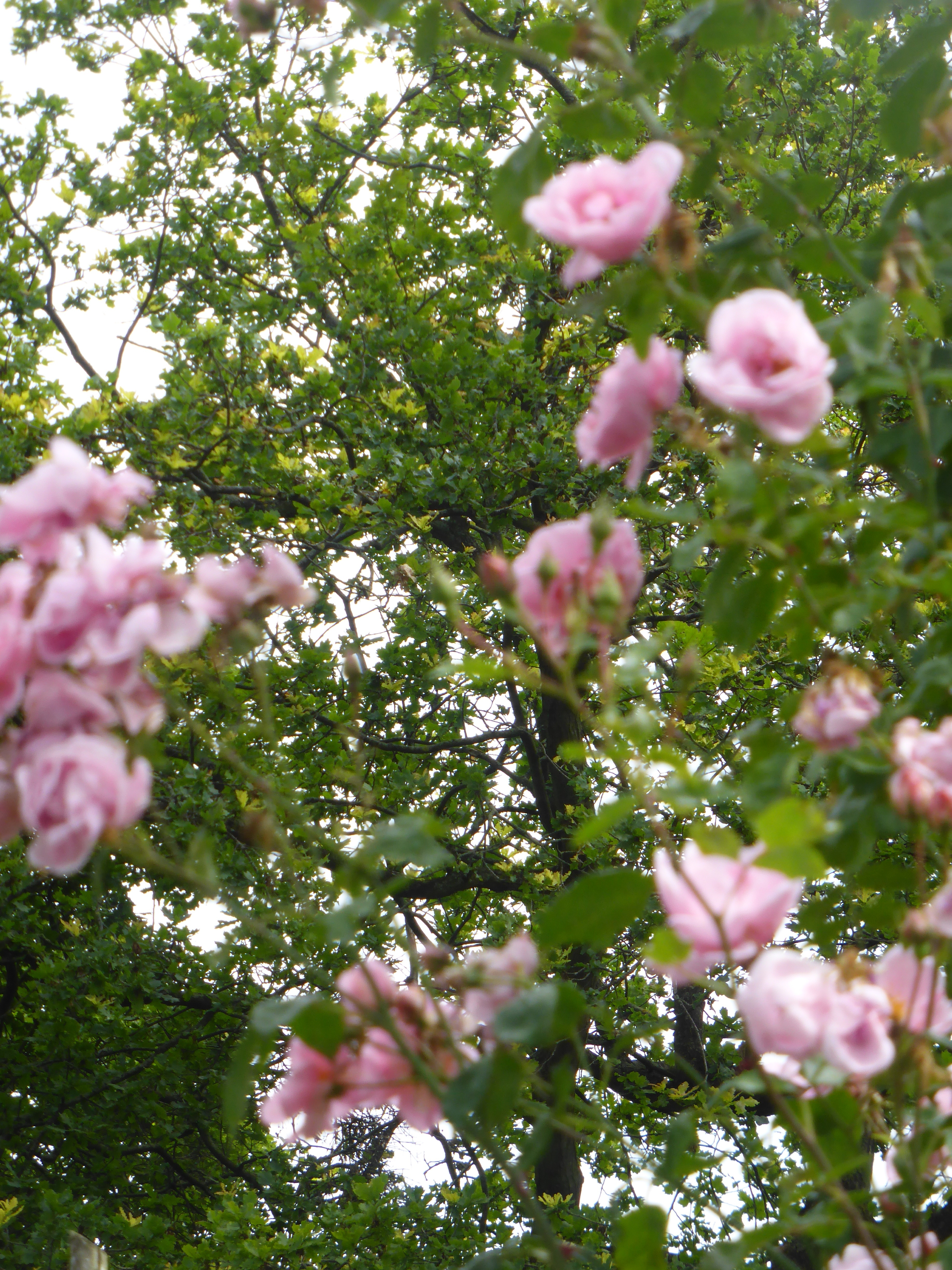
‘Frau Liesel Brauer’, Thönges, 1938
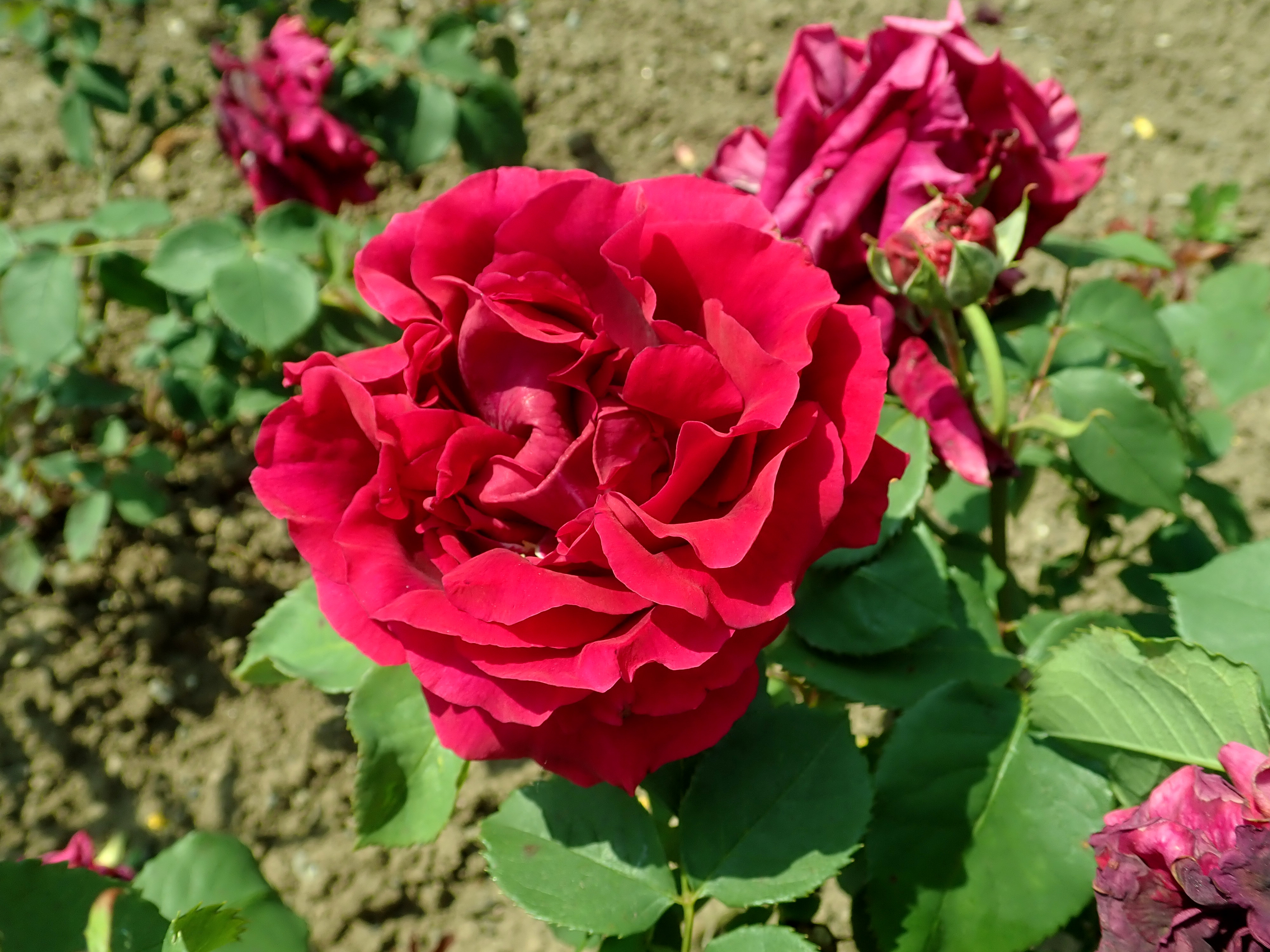
‘Frau O. Plegg’, Paul Nabonnand, 1909
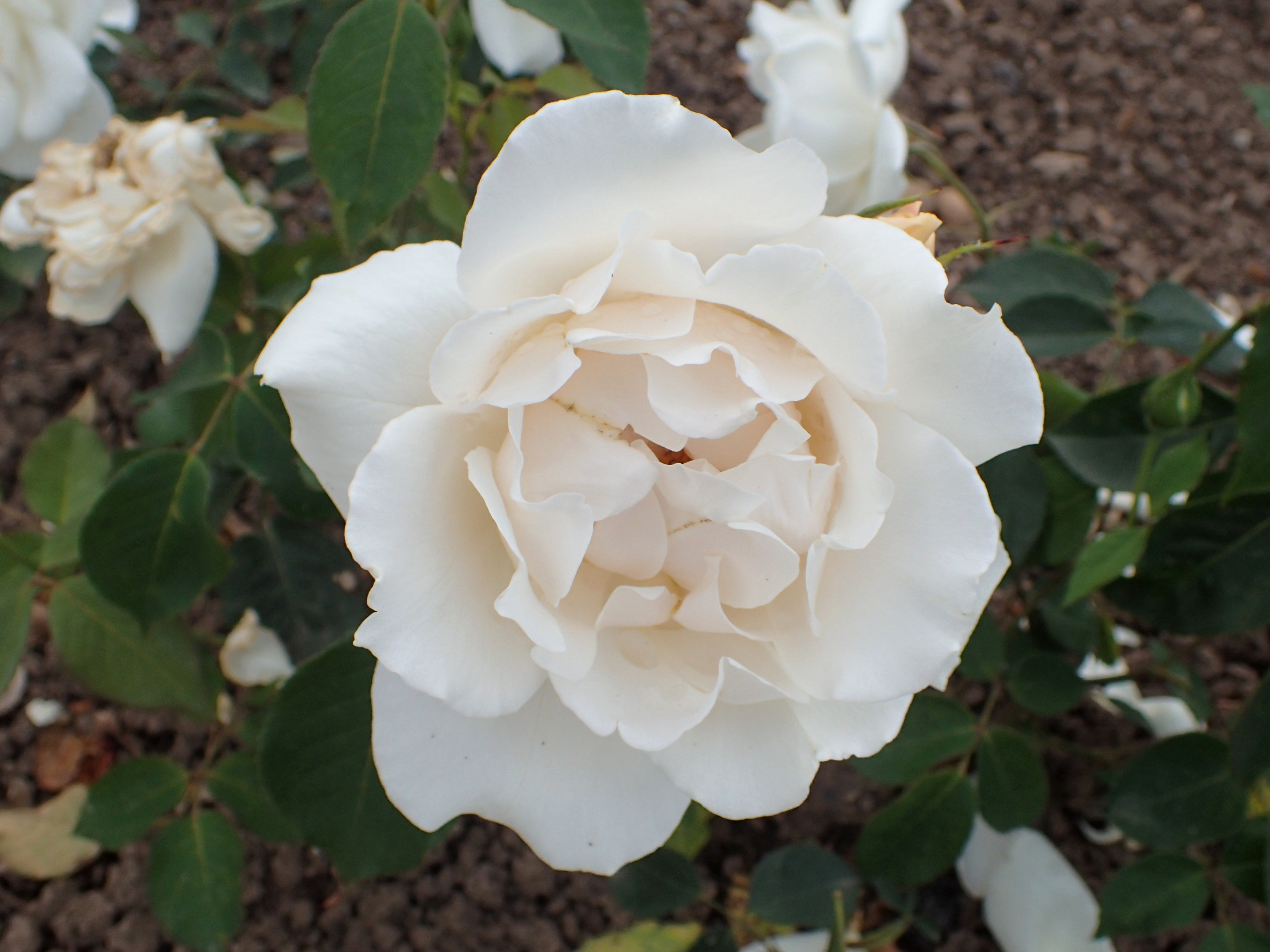
‘Frau Professor Gnau’, Hermann Kiese, 1925
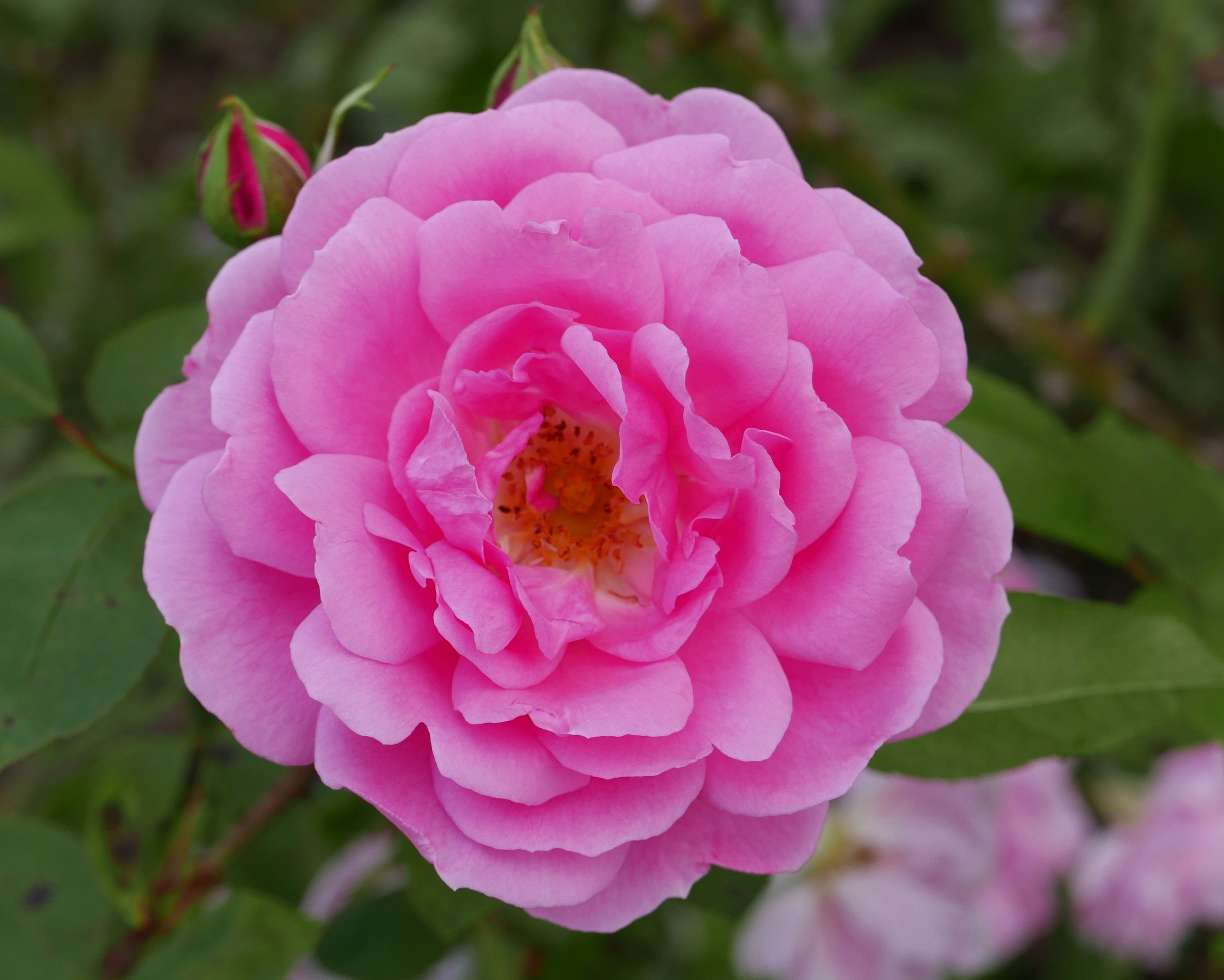
‘Frau Sophie Meyerholz’, Vogel, 1942
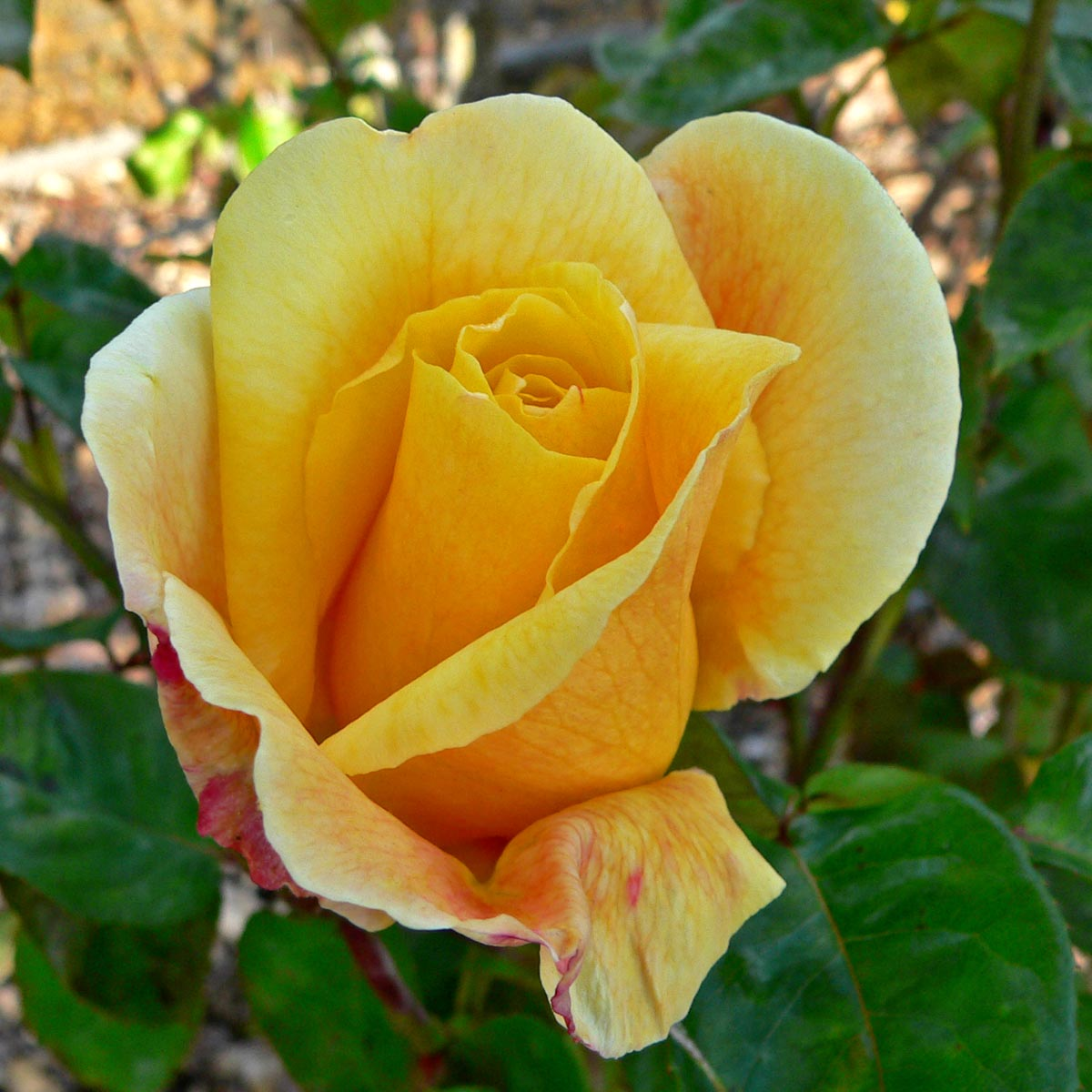
‘Fred Howard’, Howard & Smith, 1952
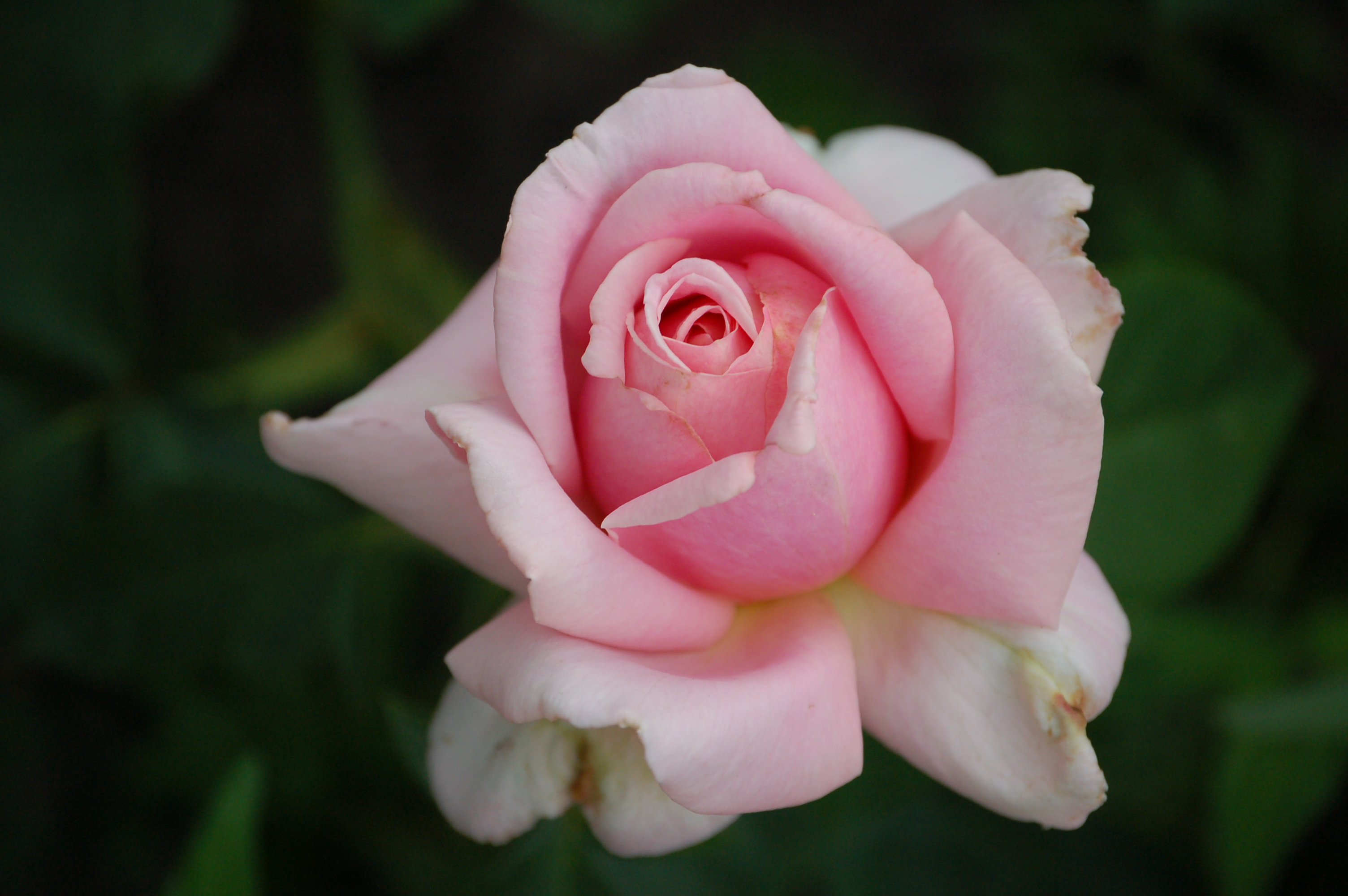
‘Frédéric Mistral’, Meilland, 1993
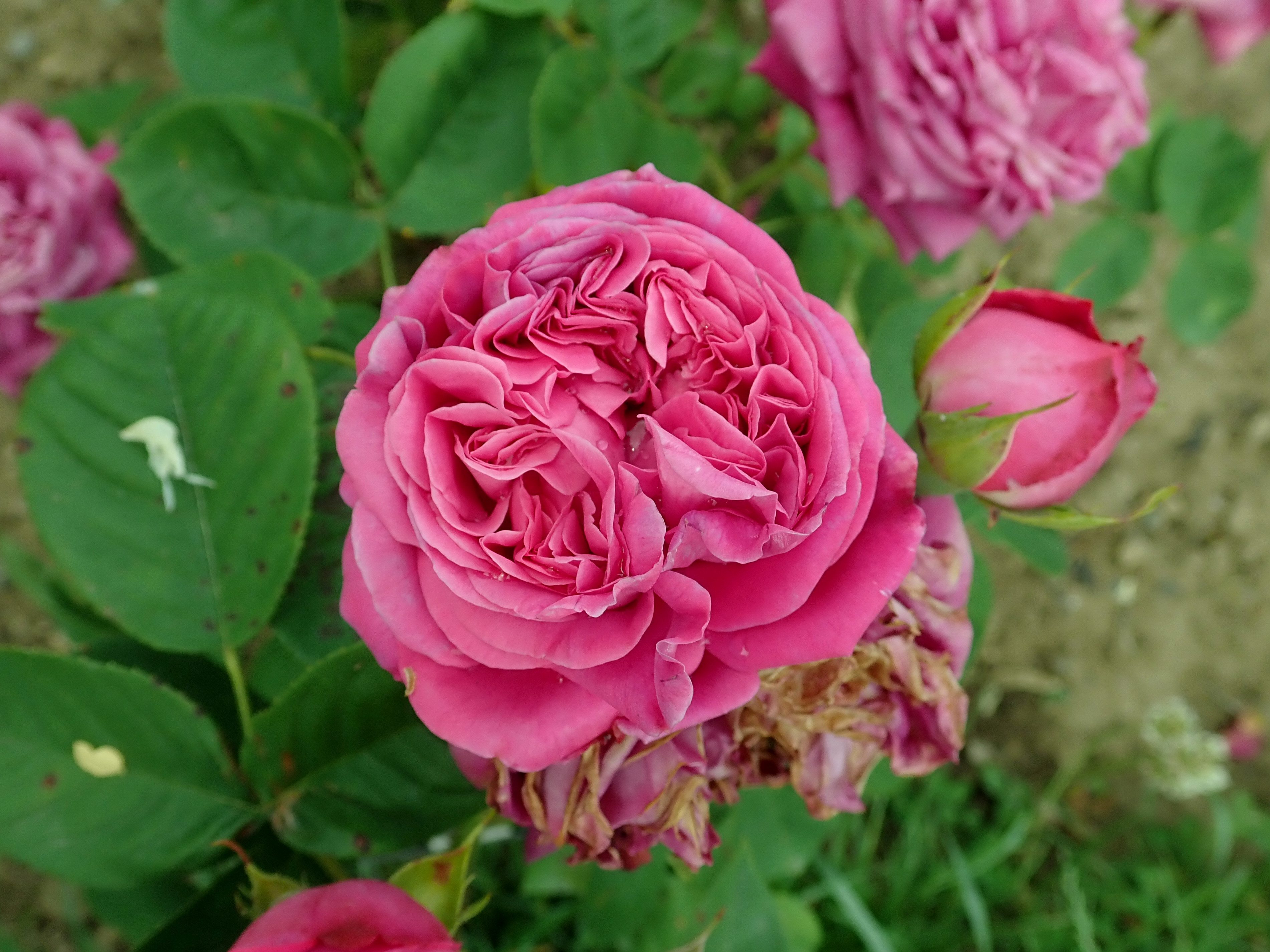
‘Frédéric Schneider II’, Ludovic, 1885
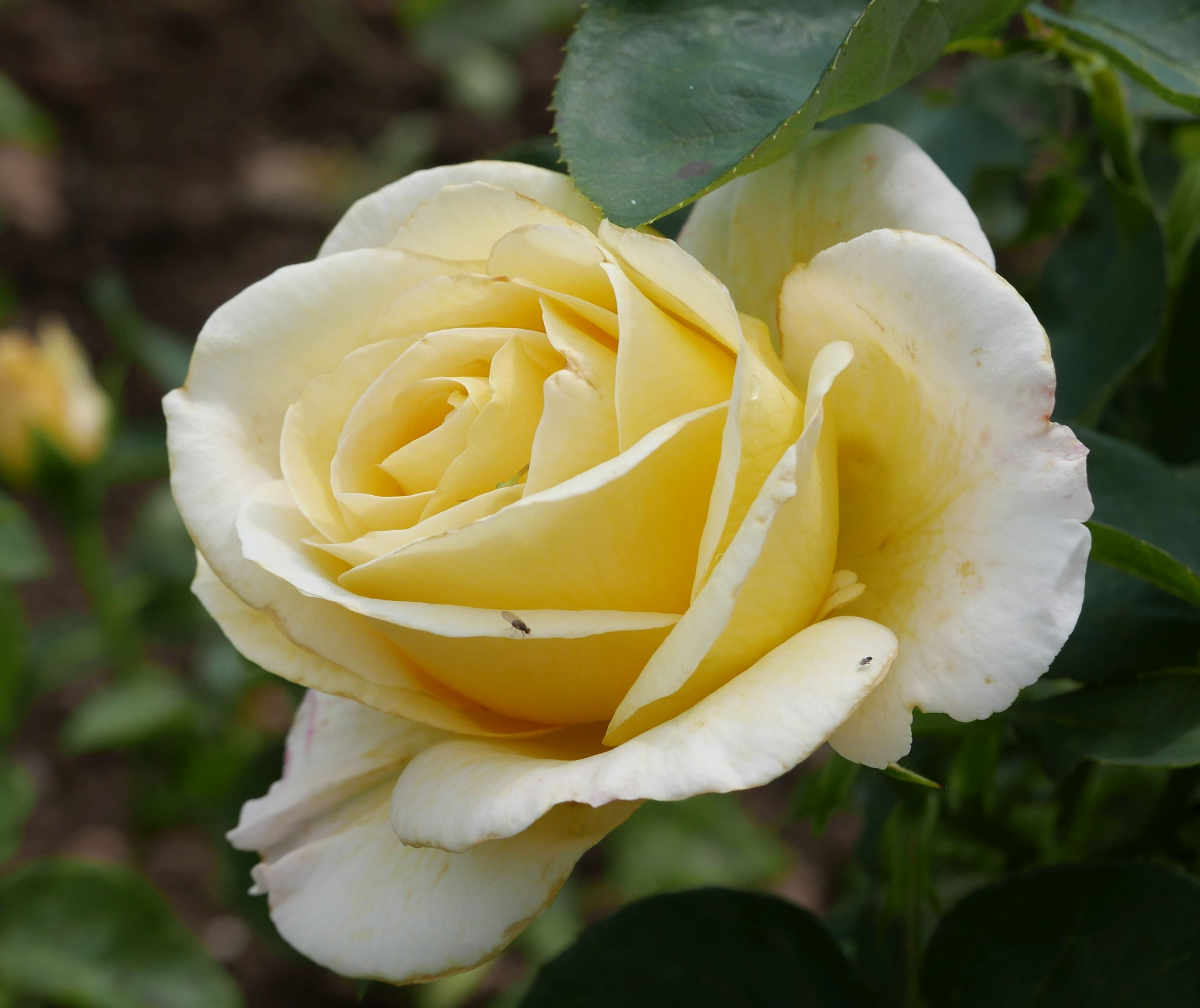
‘Frederyk Chopin’, Zyla, 1990
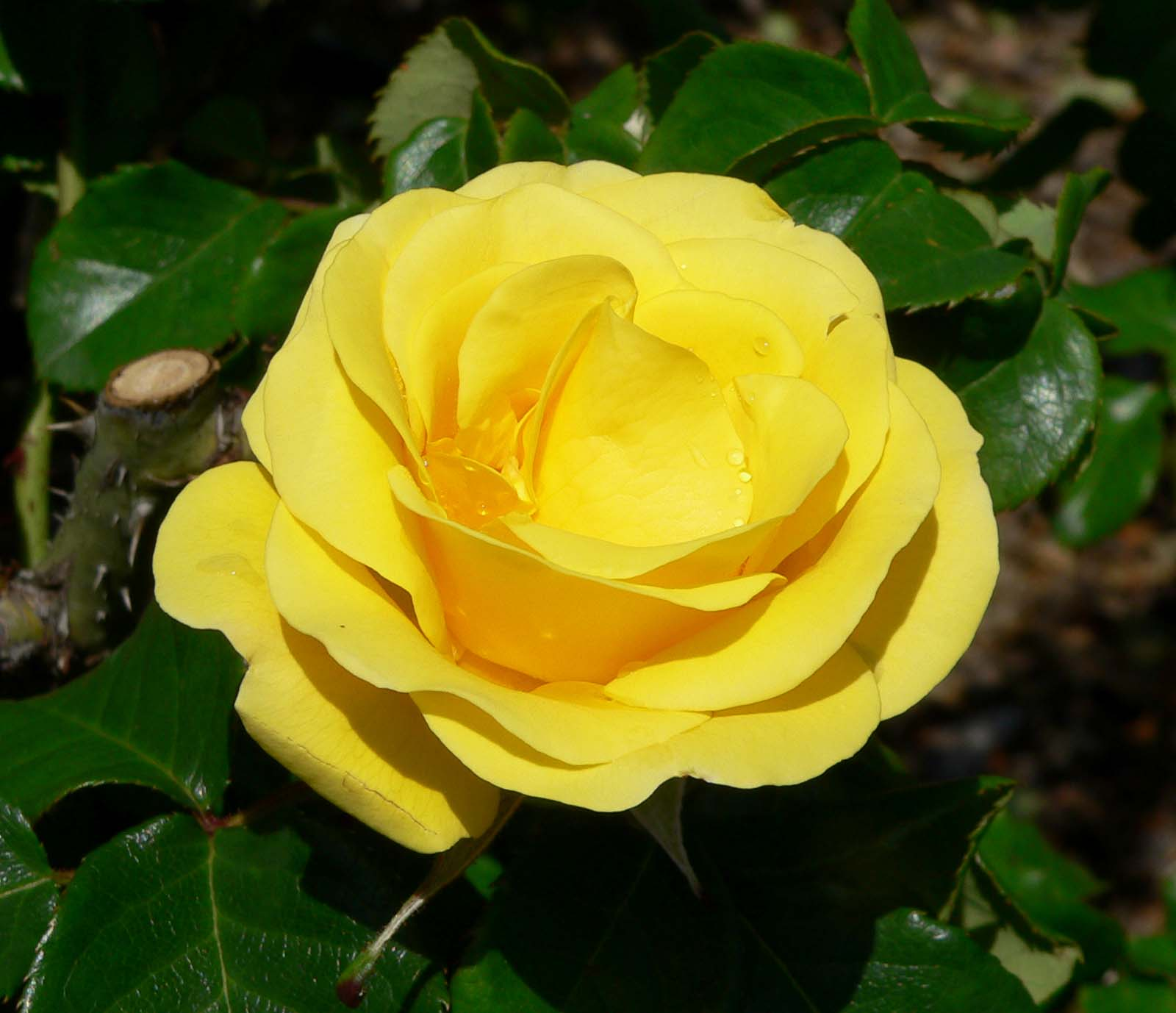
‘Freedom’, Dickson, 1984
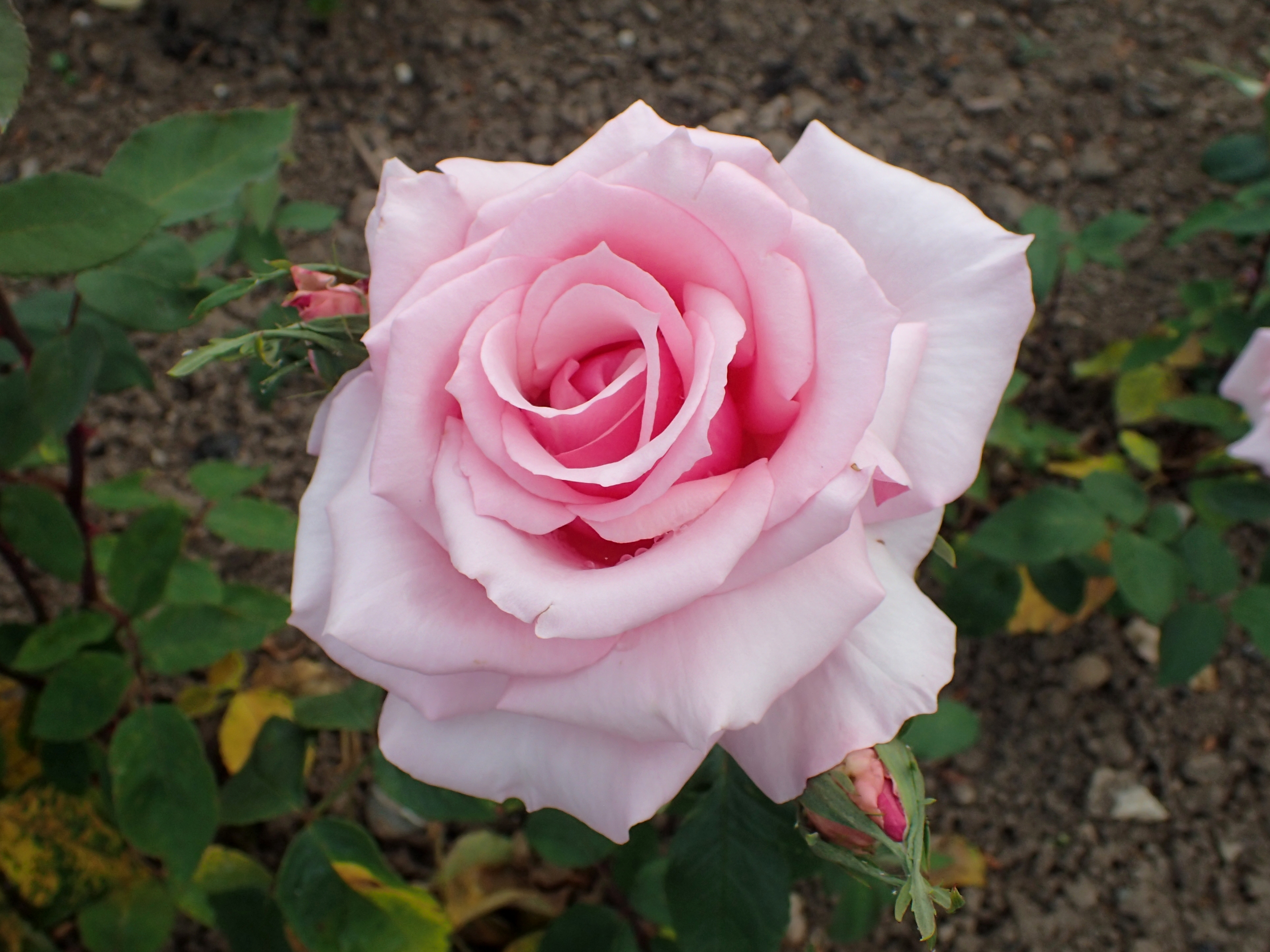
‘Fregate’, Laperrière, 1979
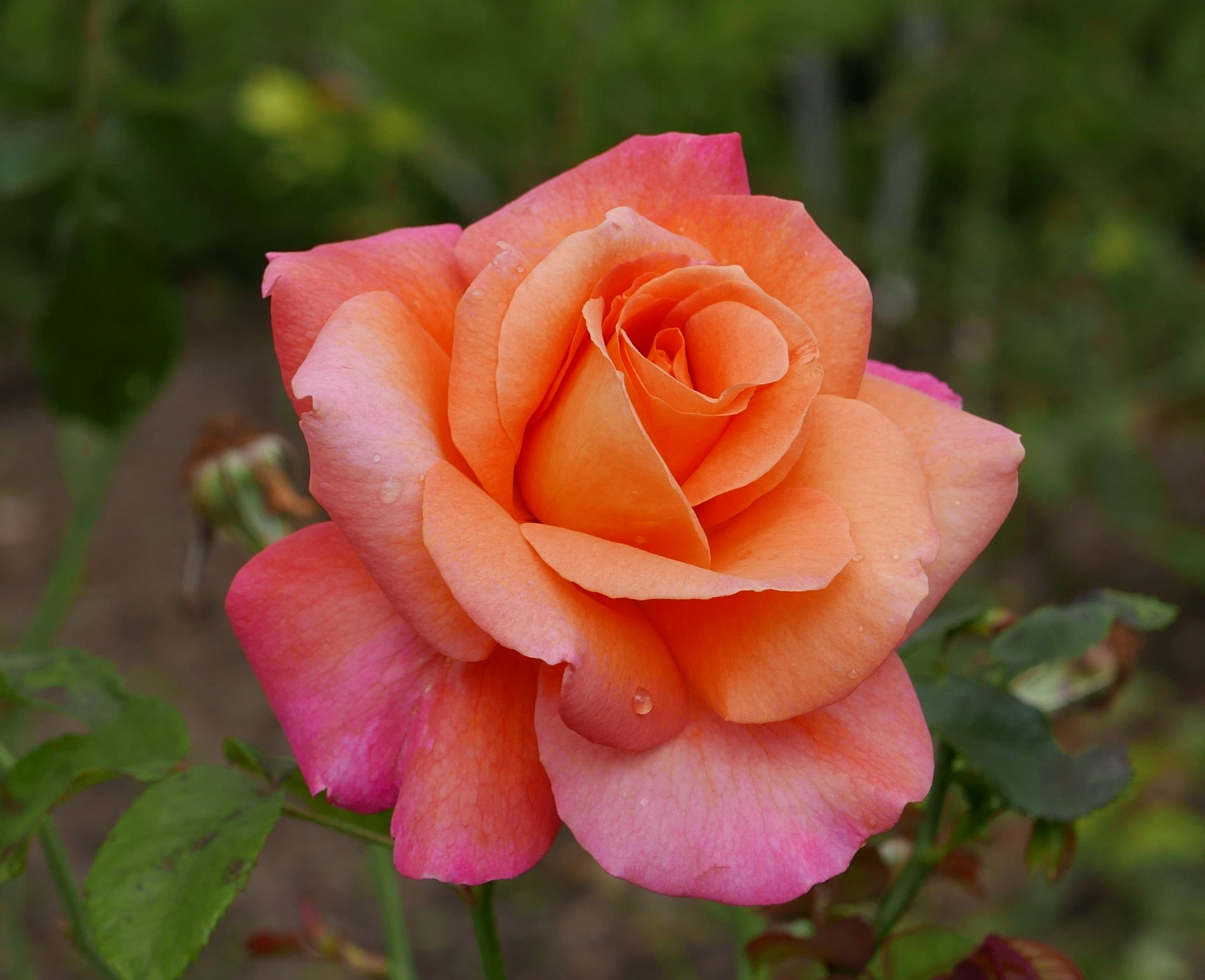
‘Freisinger Morgenröte’, Kordes, 1988
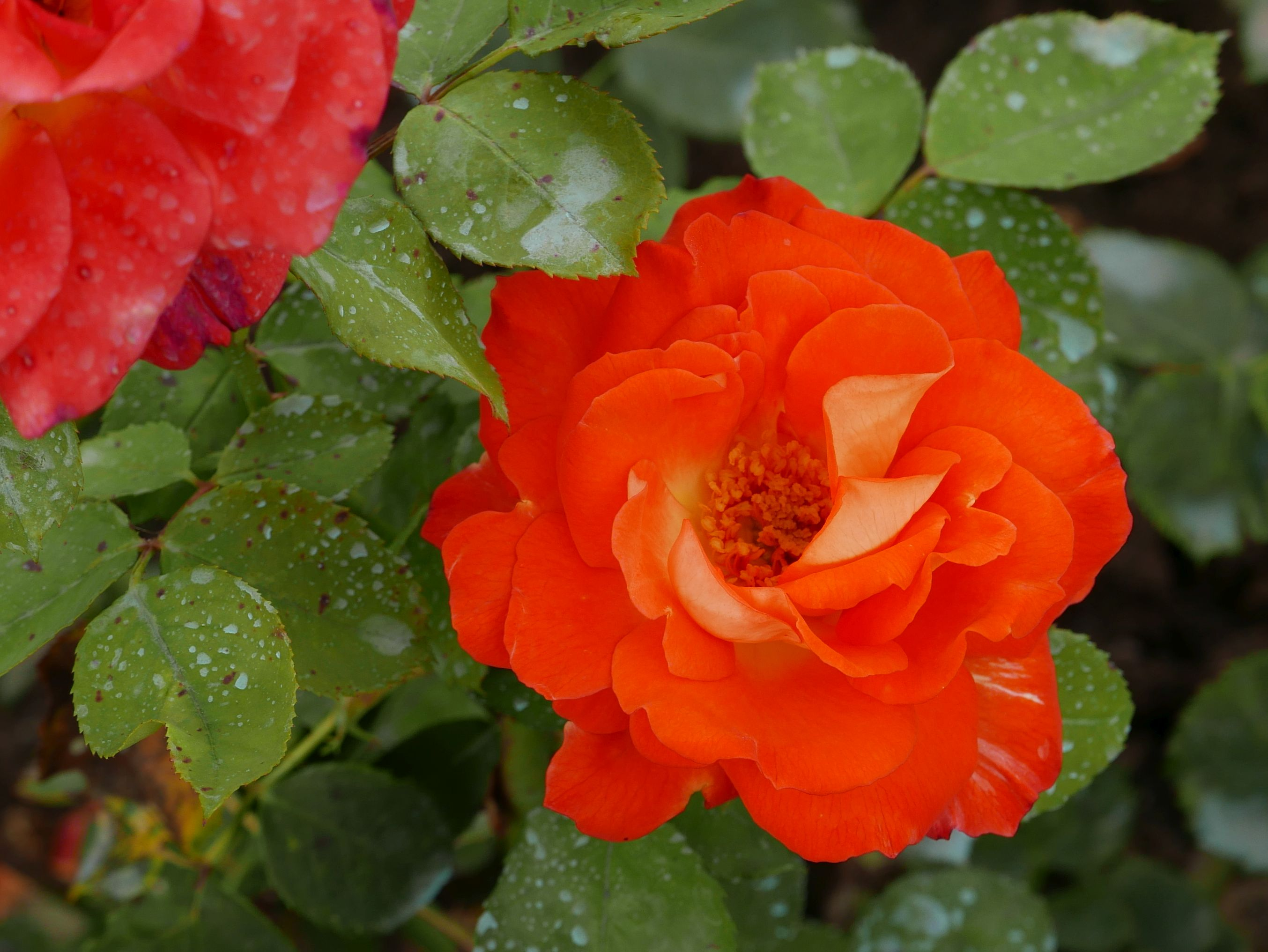
‘Fresco’, De Ruiter, 1968
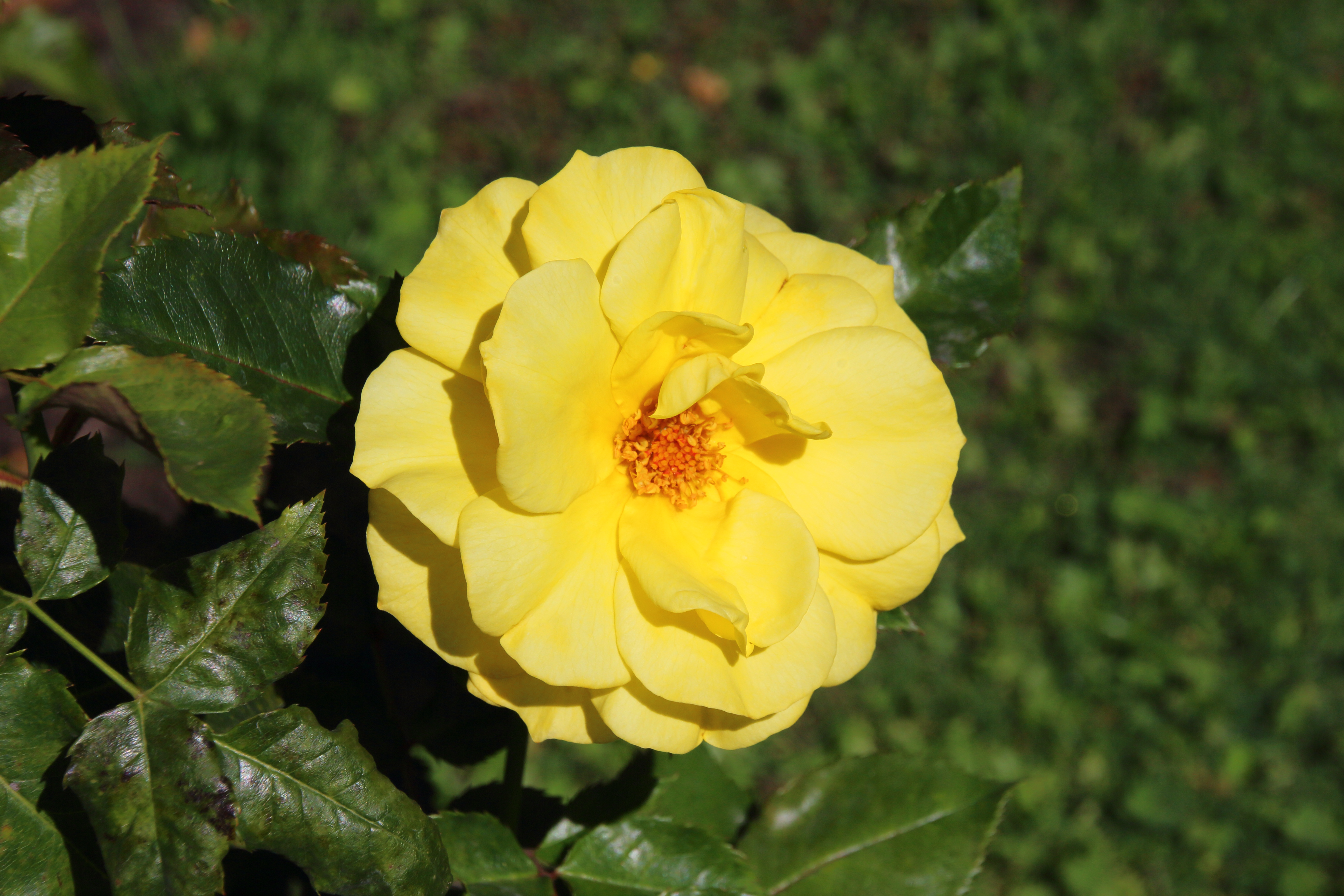
‘Friedensgedächtnispark Hiroshima’, Nieborg, 1998
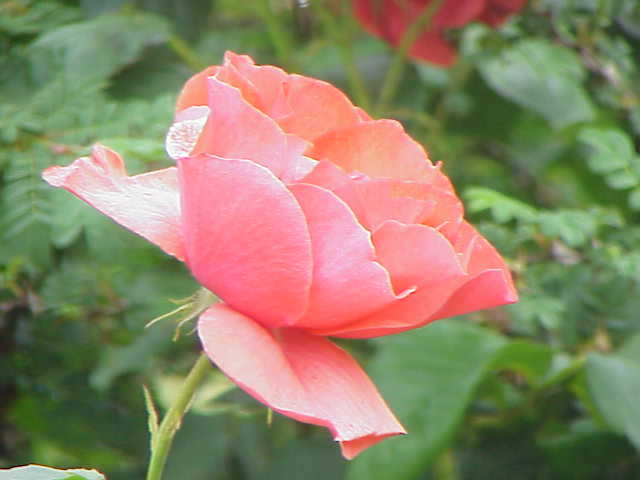
‘Friedrich Heyer’, Tantau, 1956
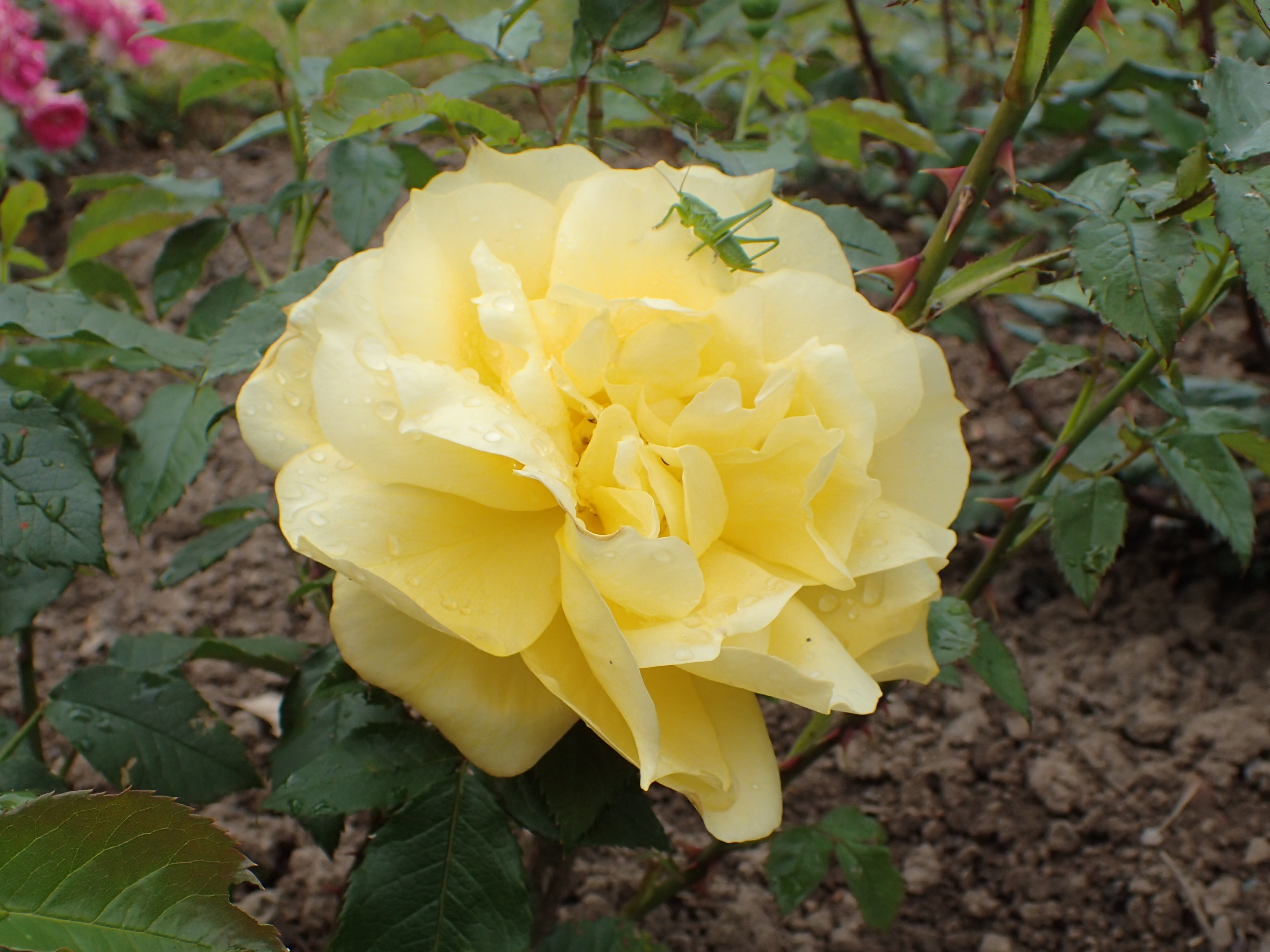
‘Friesensonne’, Tantau, 1982
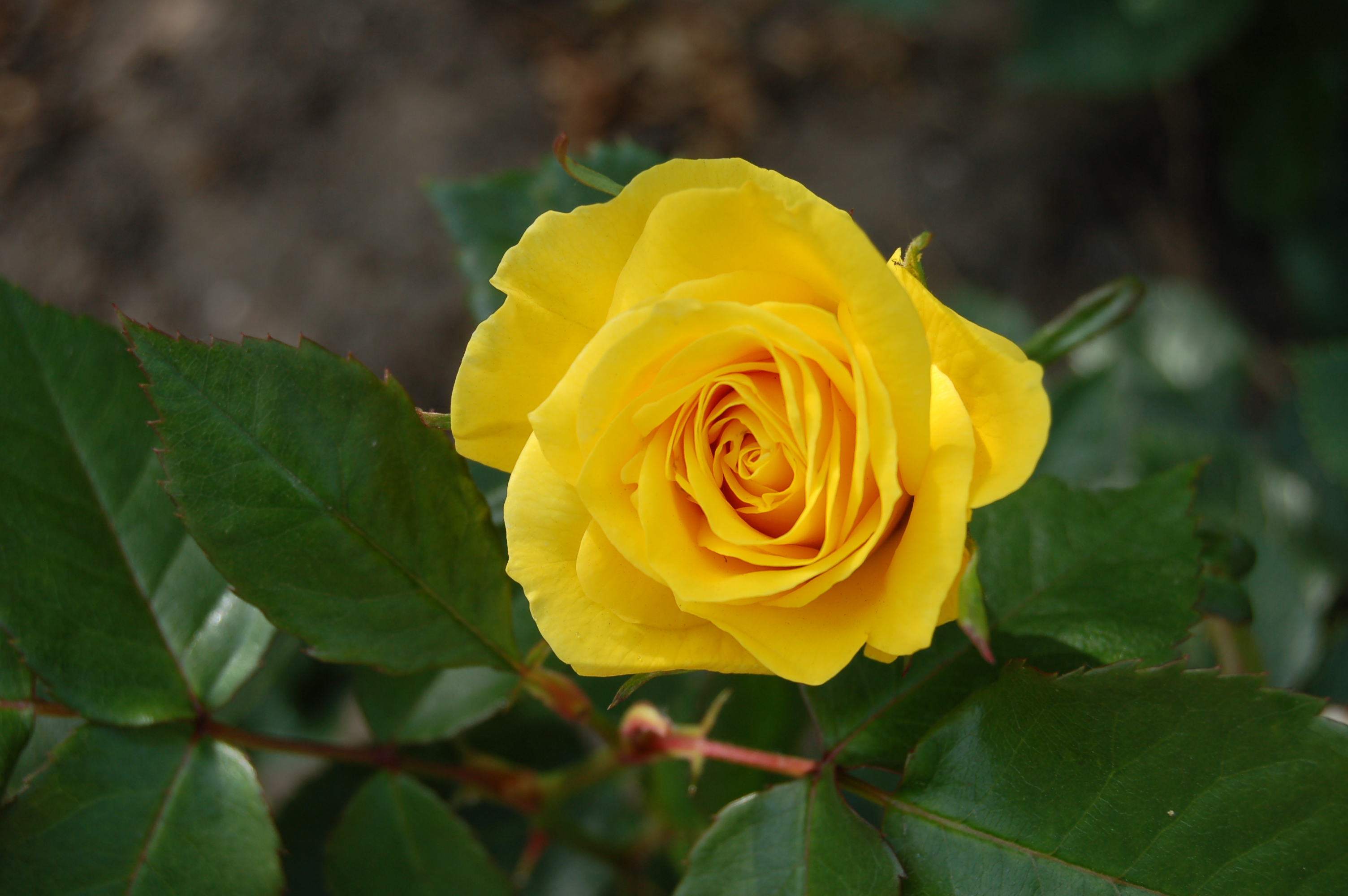
‘Friesia’, Kordes, 1973
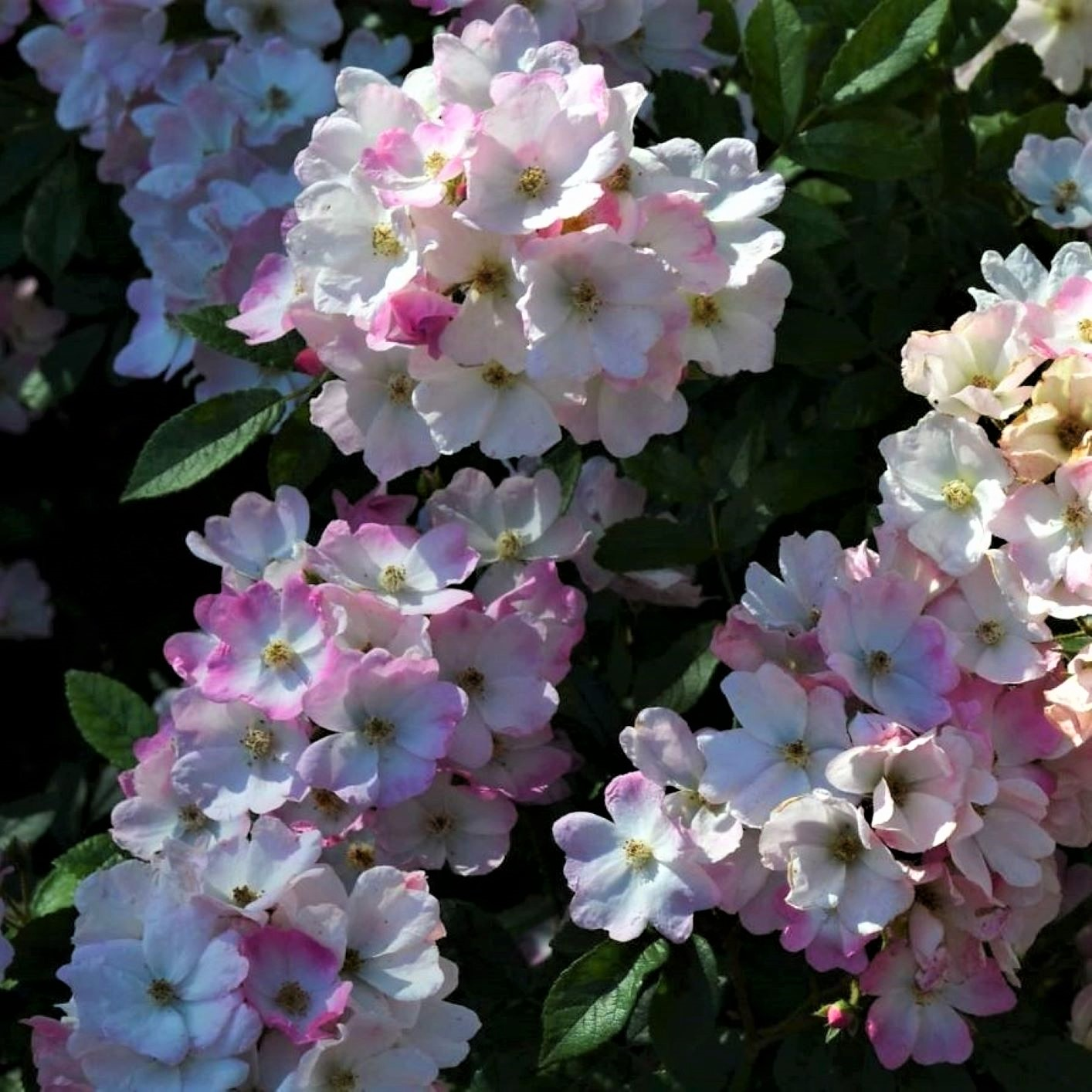
‘Frisson Frais’, Louis Lens, 1987
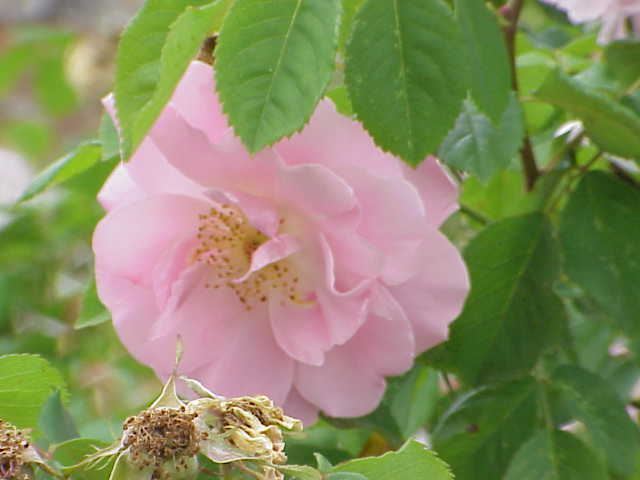
‘Fritz Nobis’, Kordes, 1940
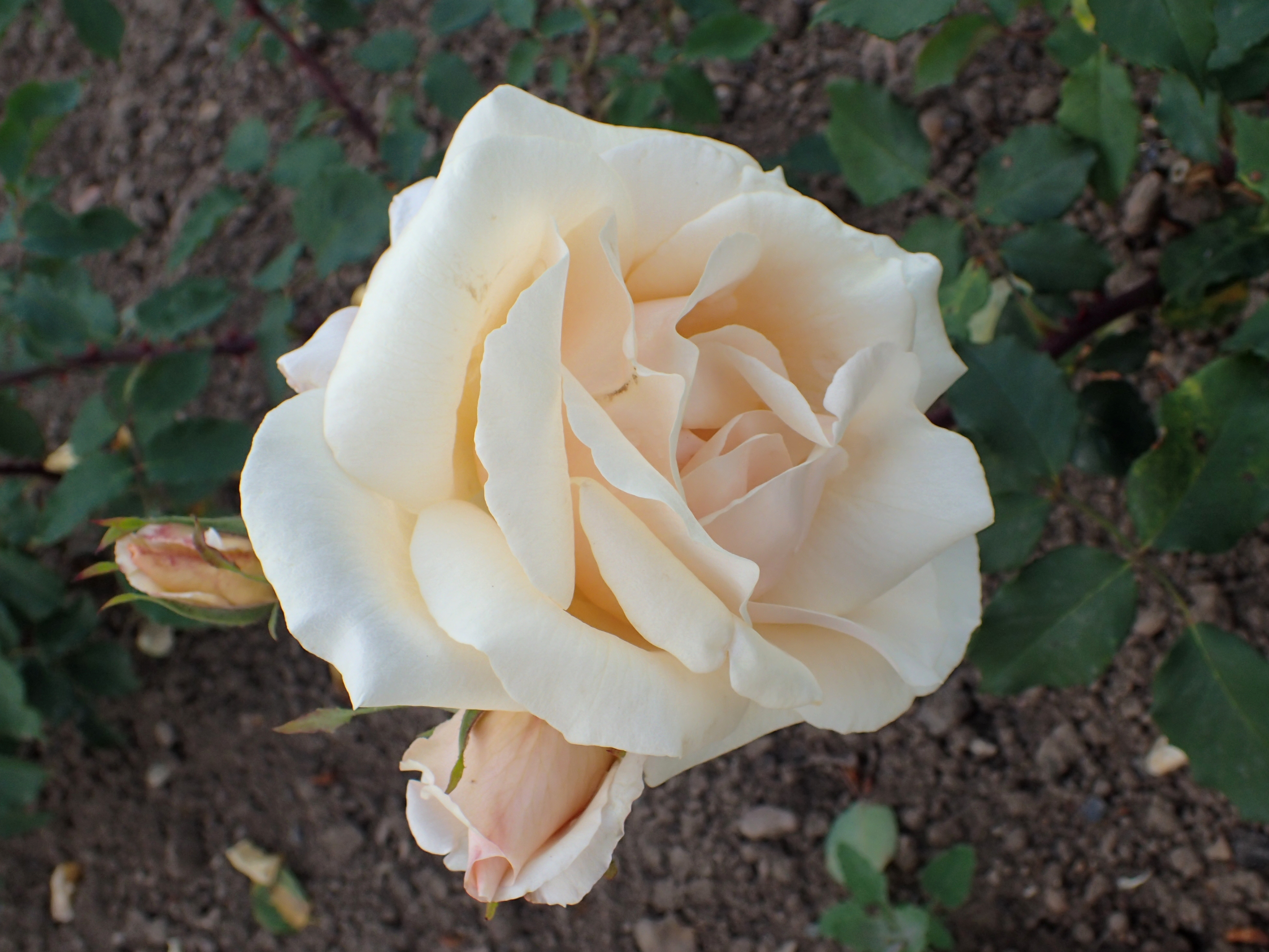
‘Friuli’, Ingegnoli, 1933
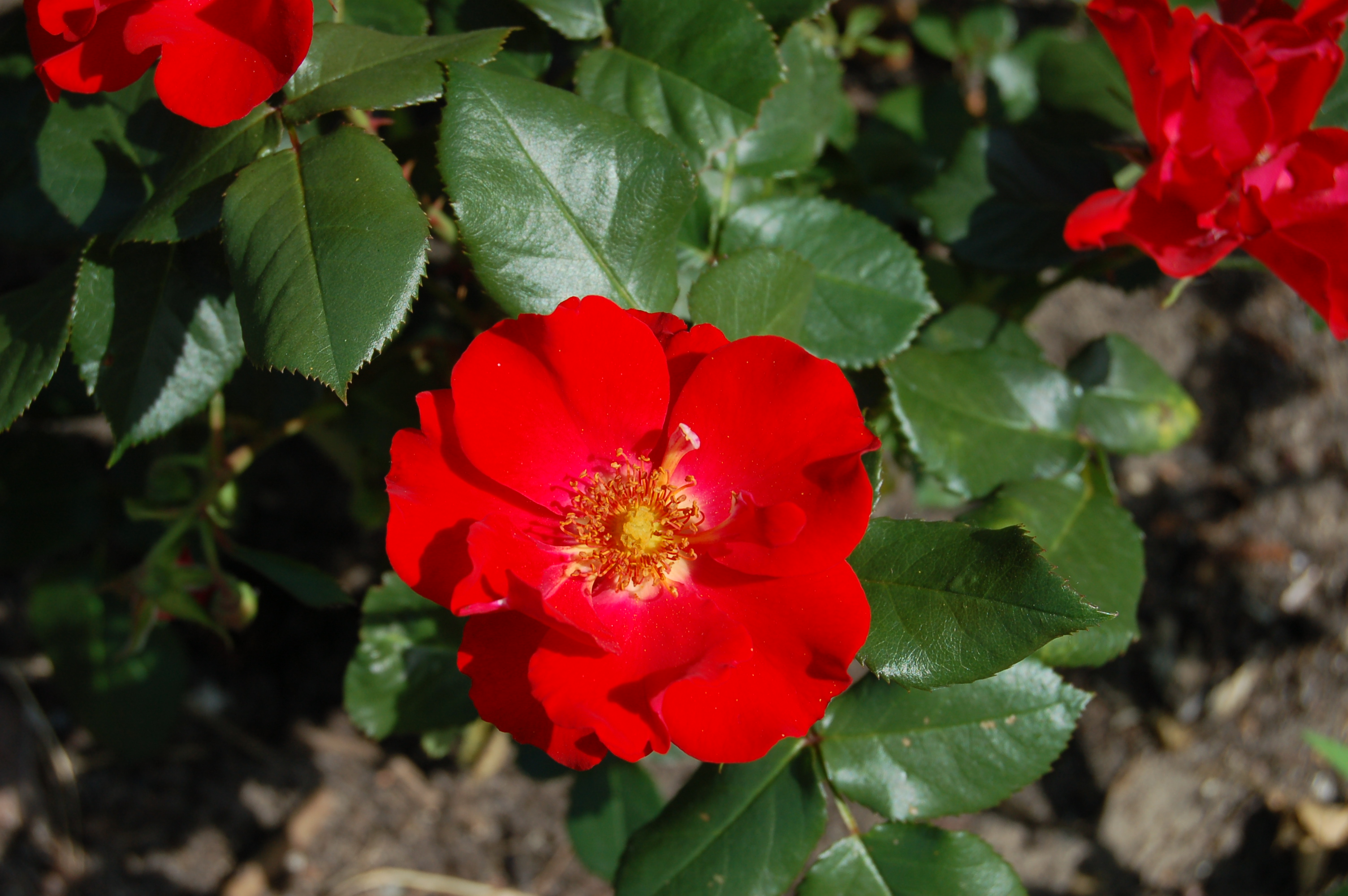
‘Fuggerstadt Augsburg’, Kordes, 1985
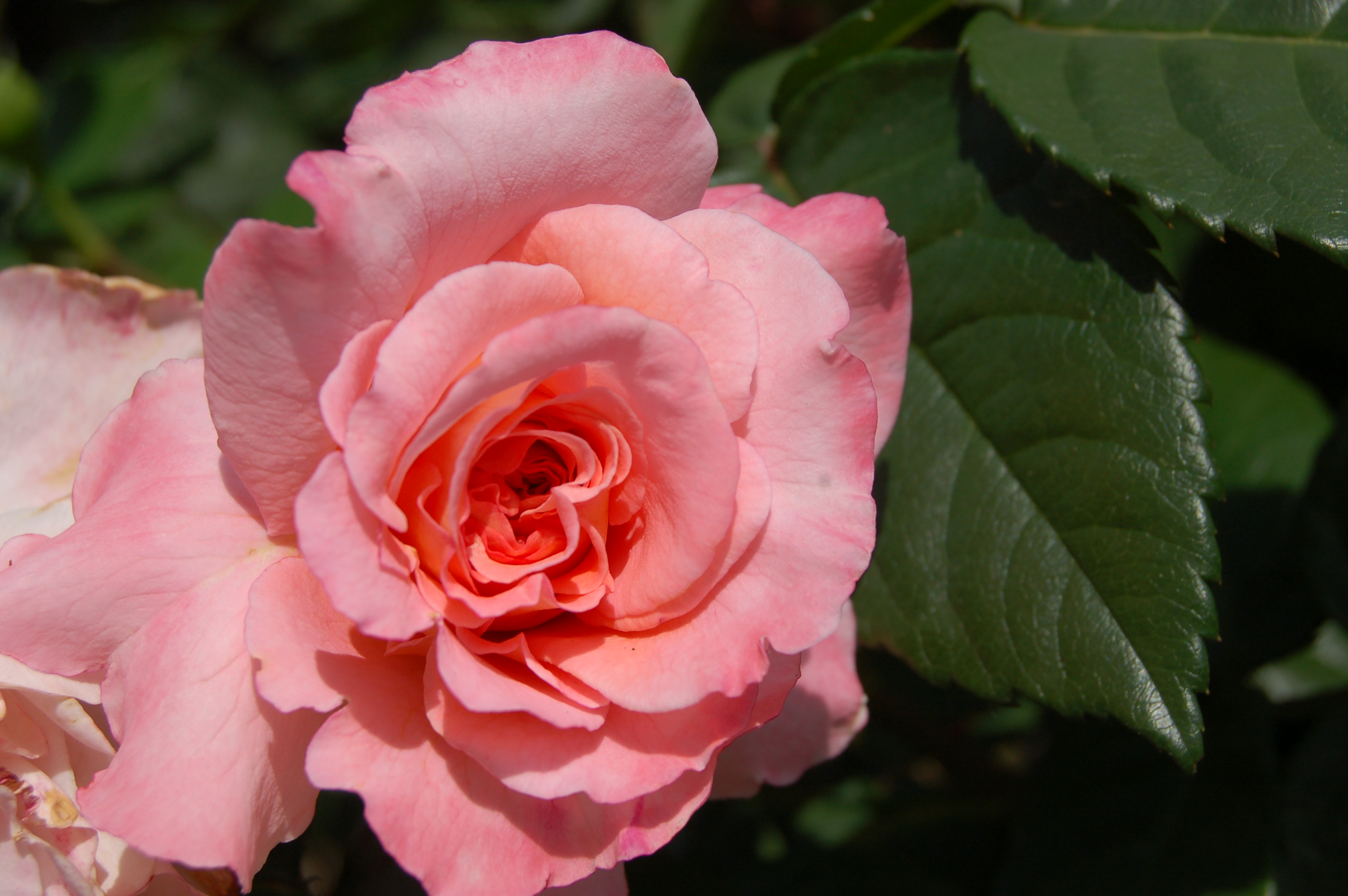
‘Fukuyama-Rose’, Tagashira, 1988
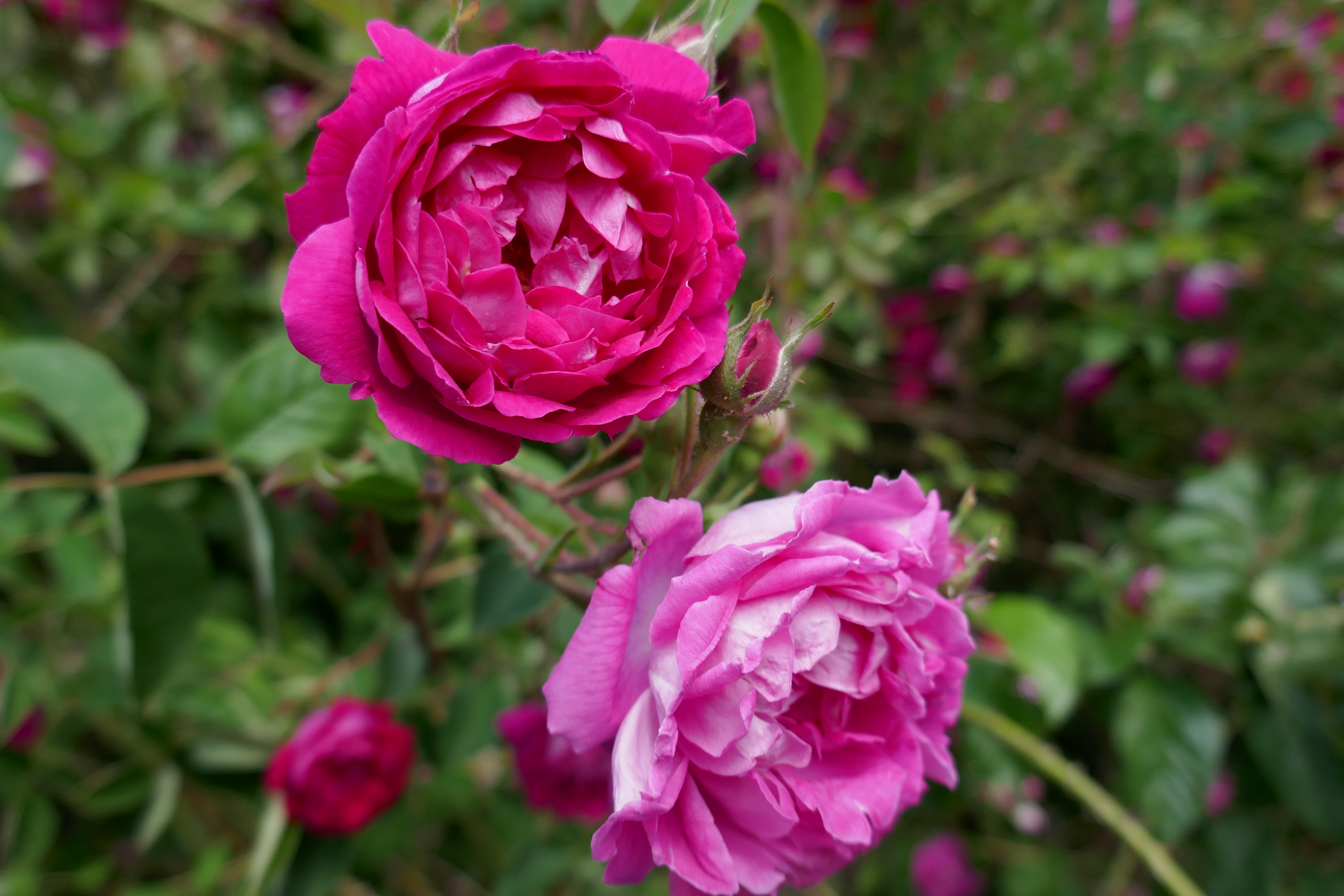
‘Fulgens’, Guérin, 1828
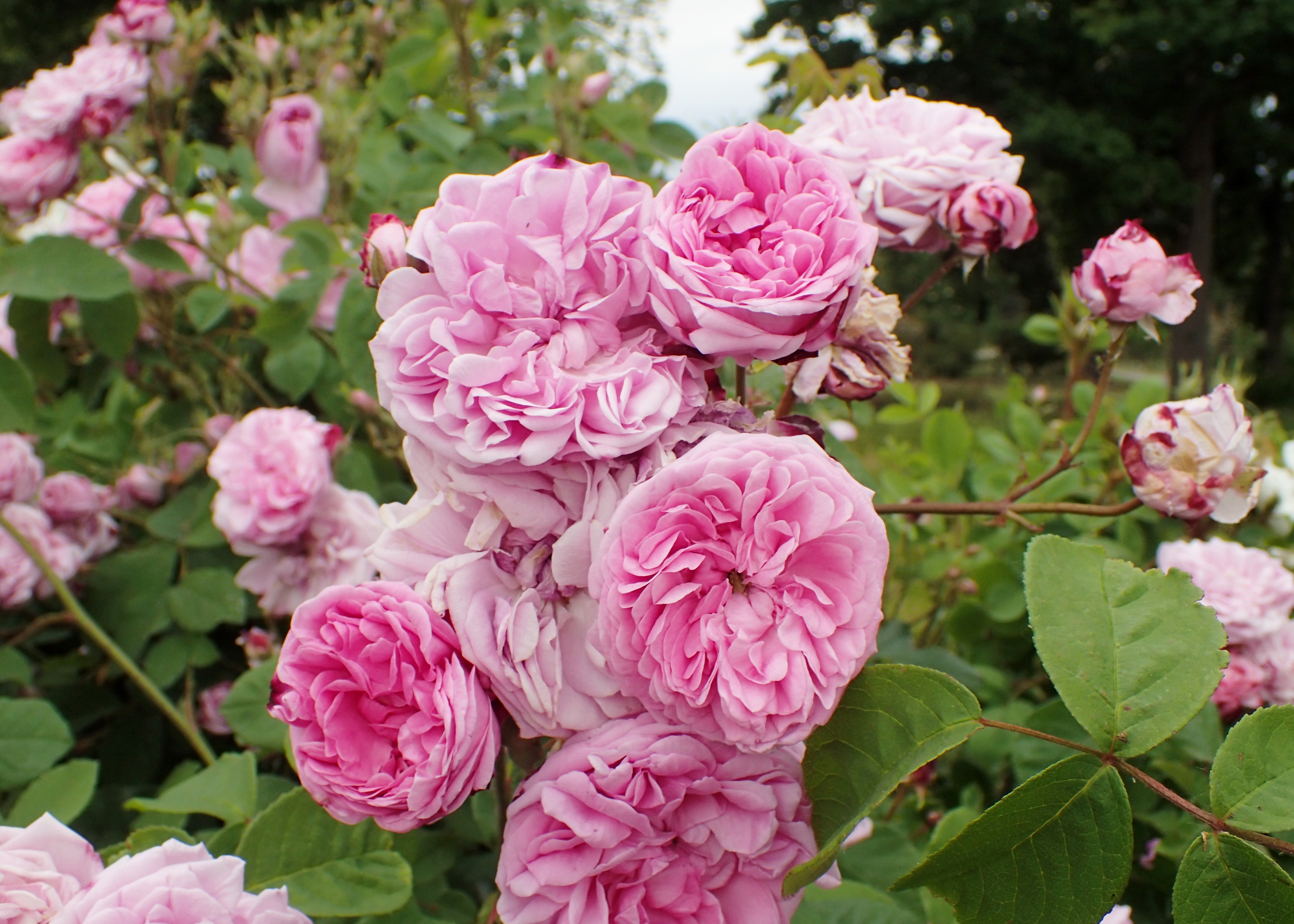
‘Fulgens’, Vibert, um 1830
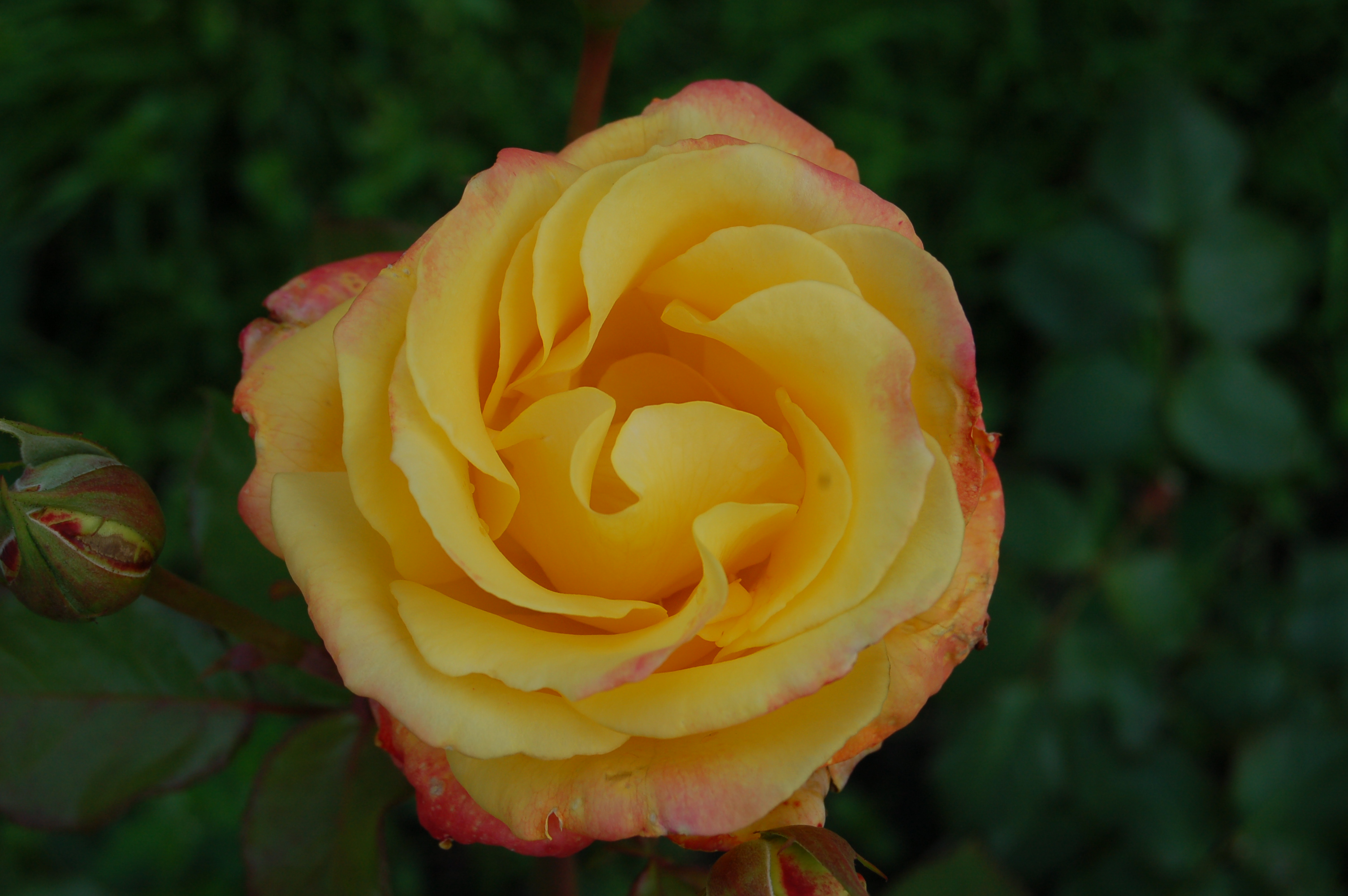
‘Funk Uhr’, Kordes, 1984
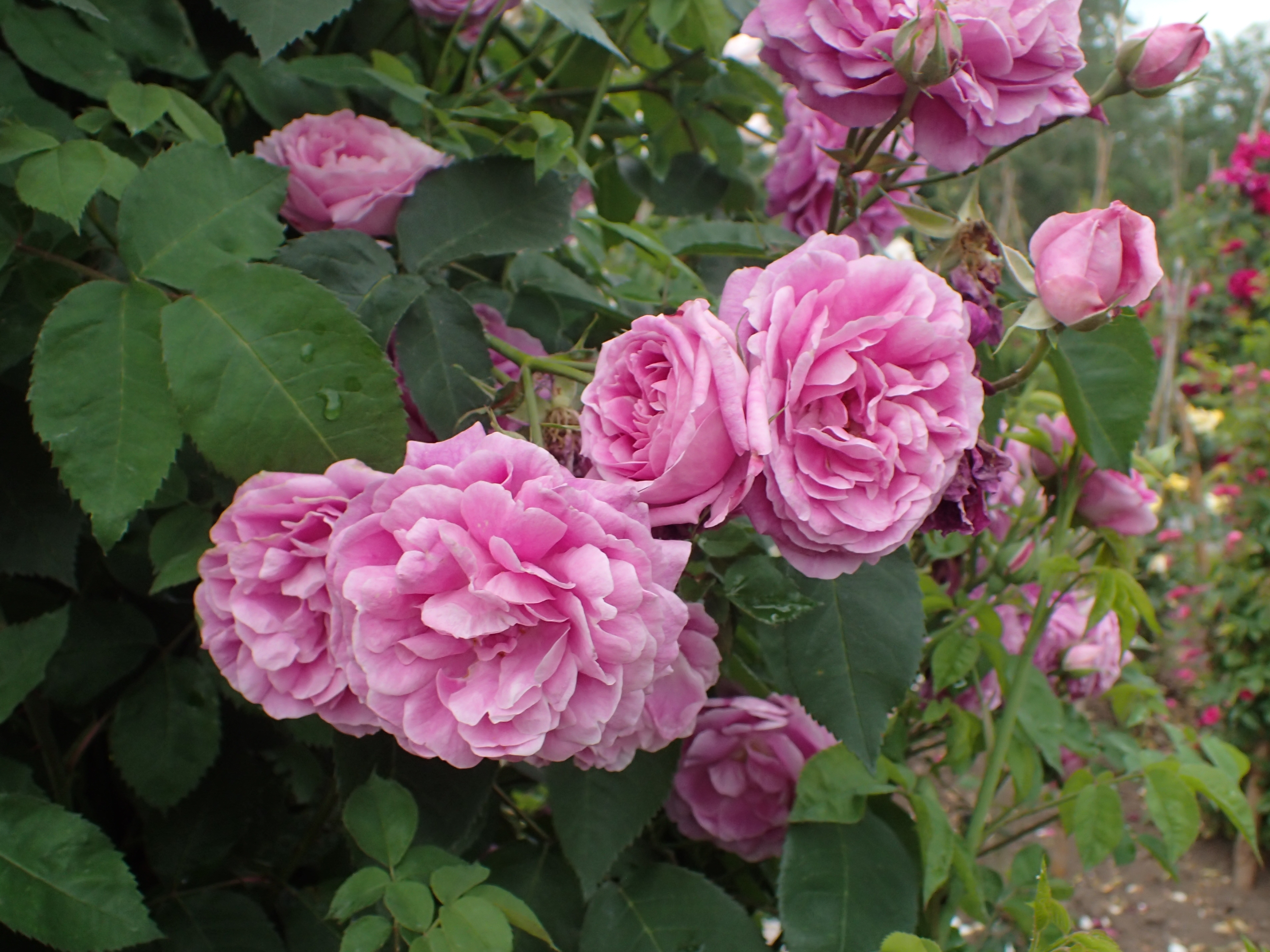
‘Futtacker Schlingrose’, Geschwind, 1900

## G

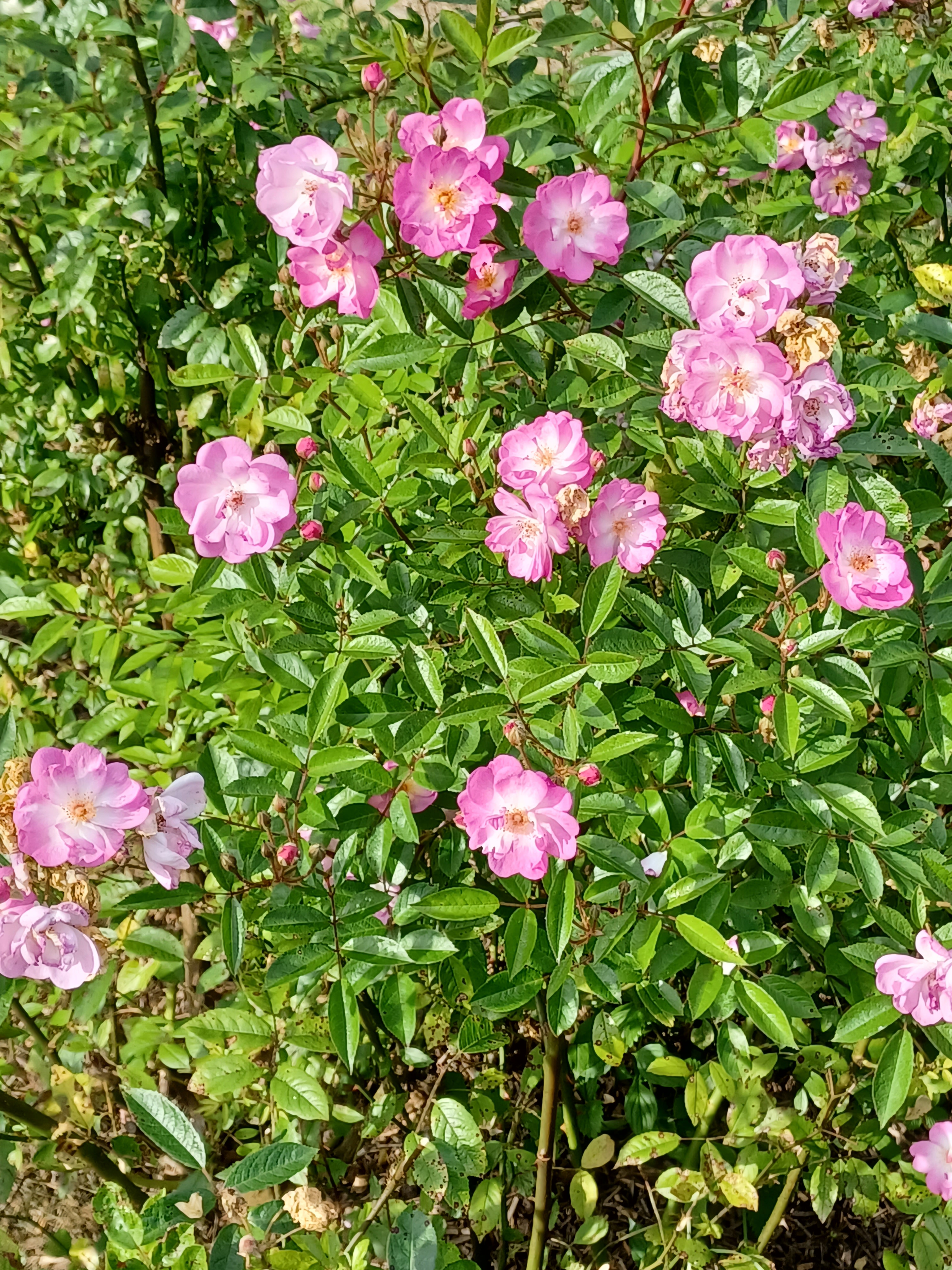
‘Gaard um Titzebierg’, Louis Lens, 2005
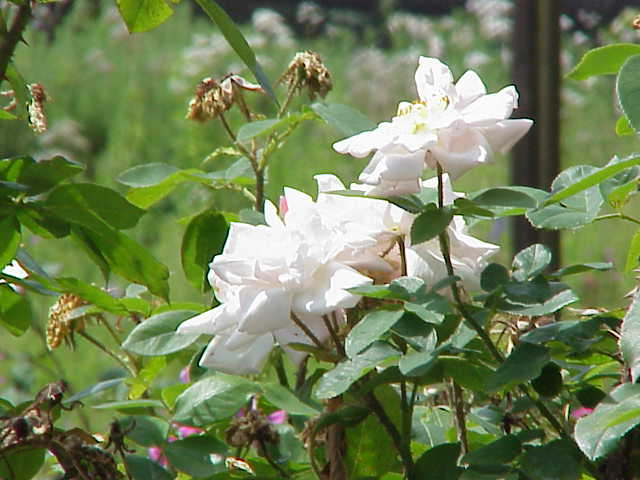
‘Gabrielle Noyelle’, Buatois, 1933
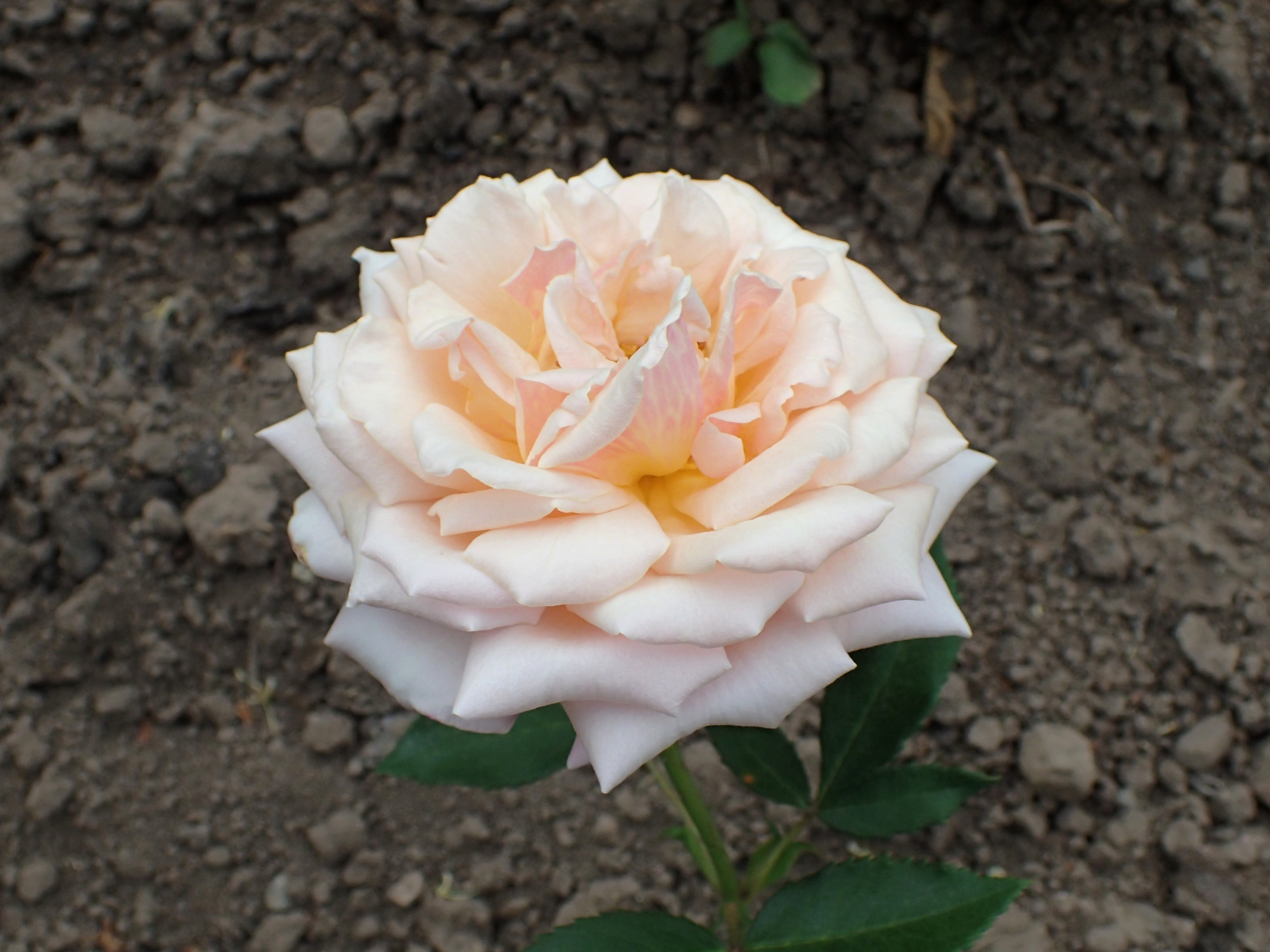
‘Gaiety’, E. Gurney Hill, vor 1926
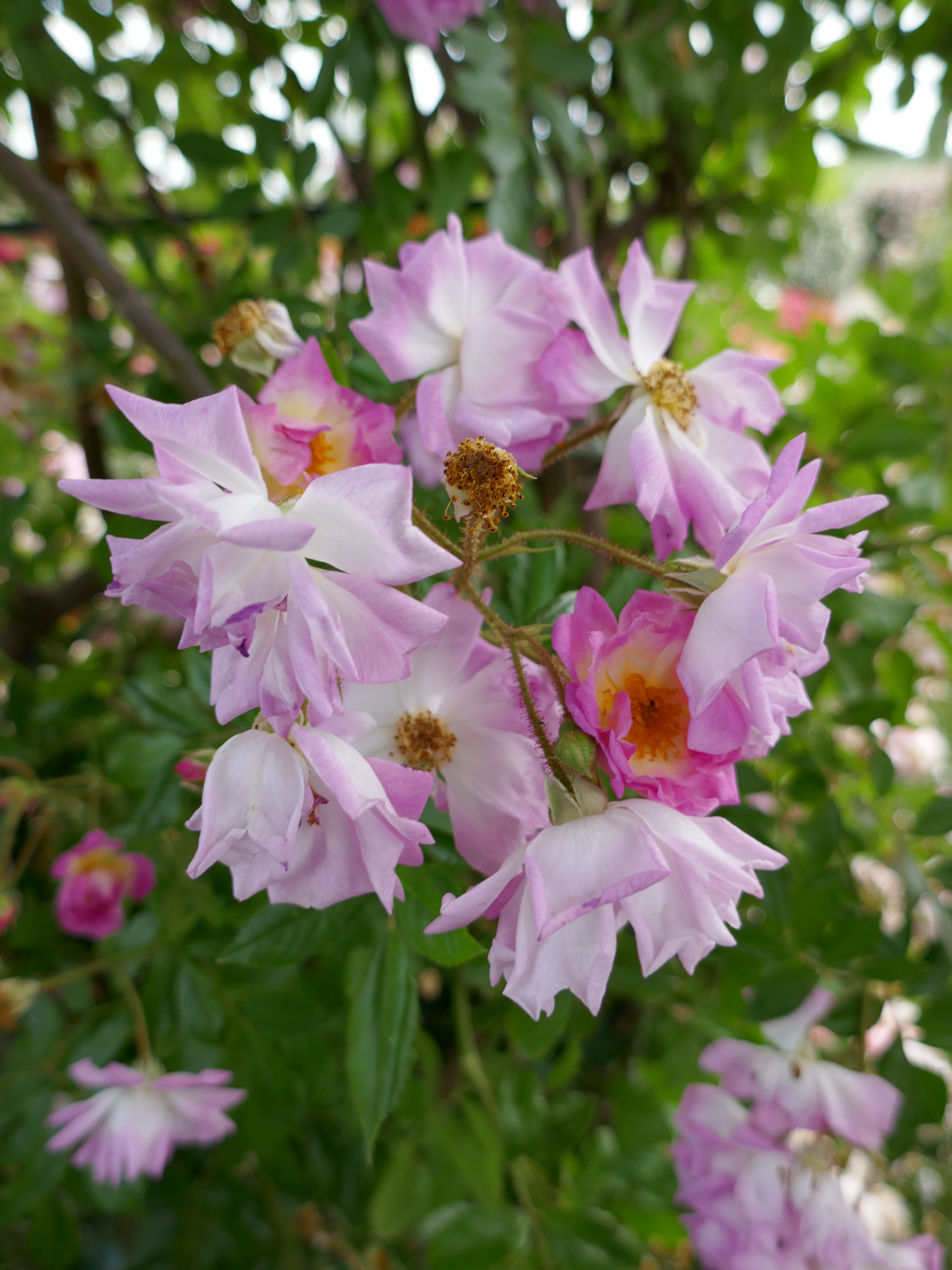
‘Garden of Hex’, Lens, 2013
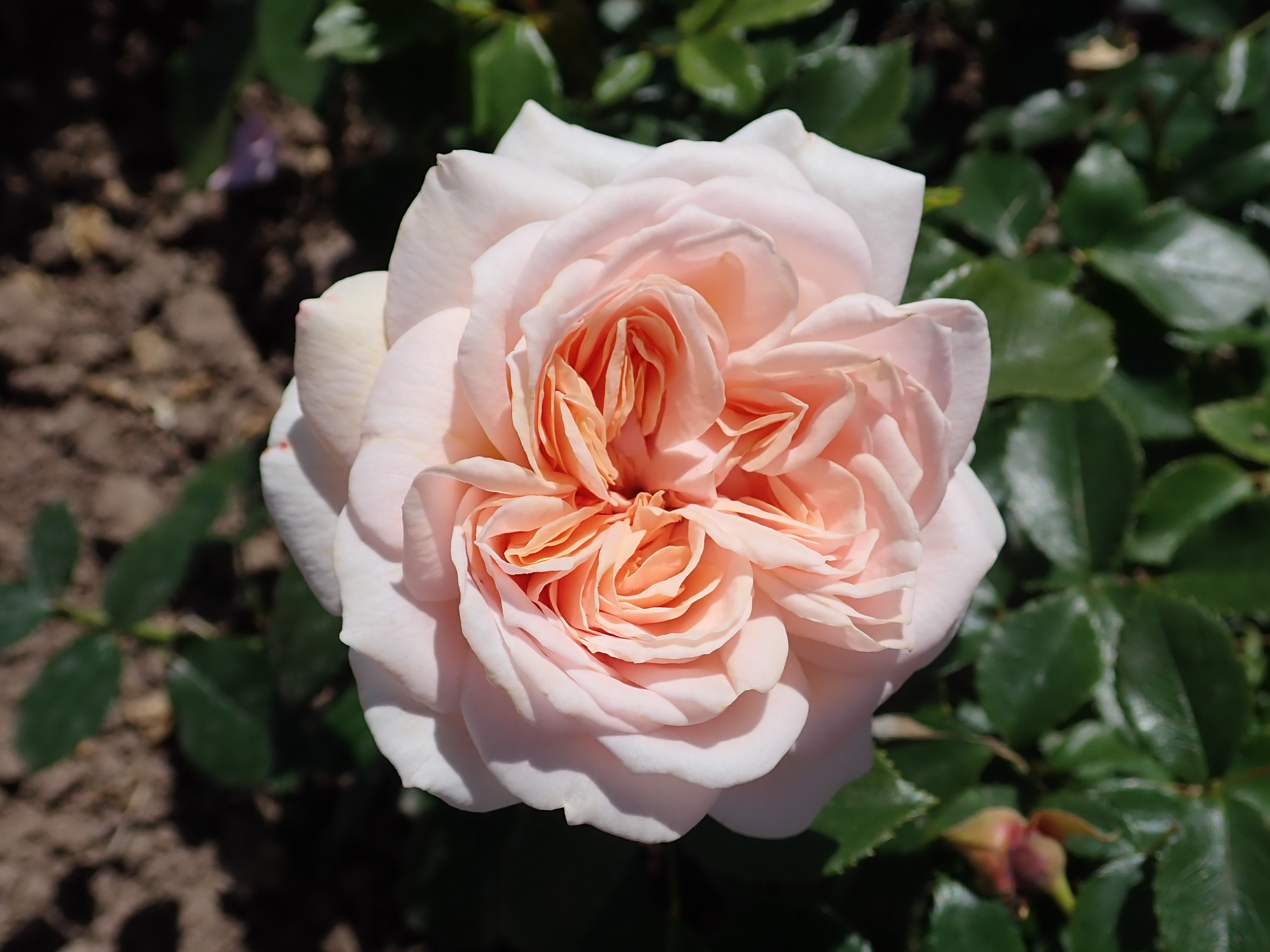
‘Garden of Roses’, Kordes, 2007
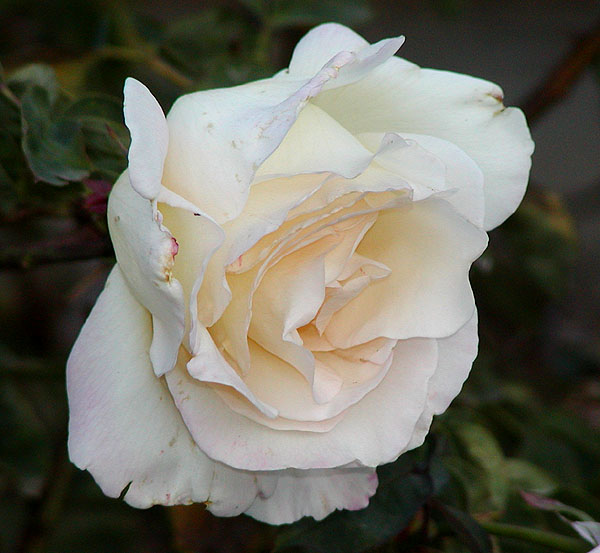
‘Garden Party’, H.C. Swim, 1959
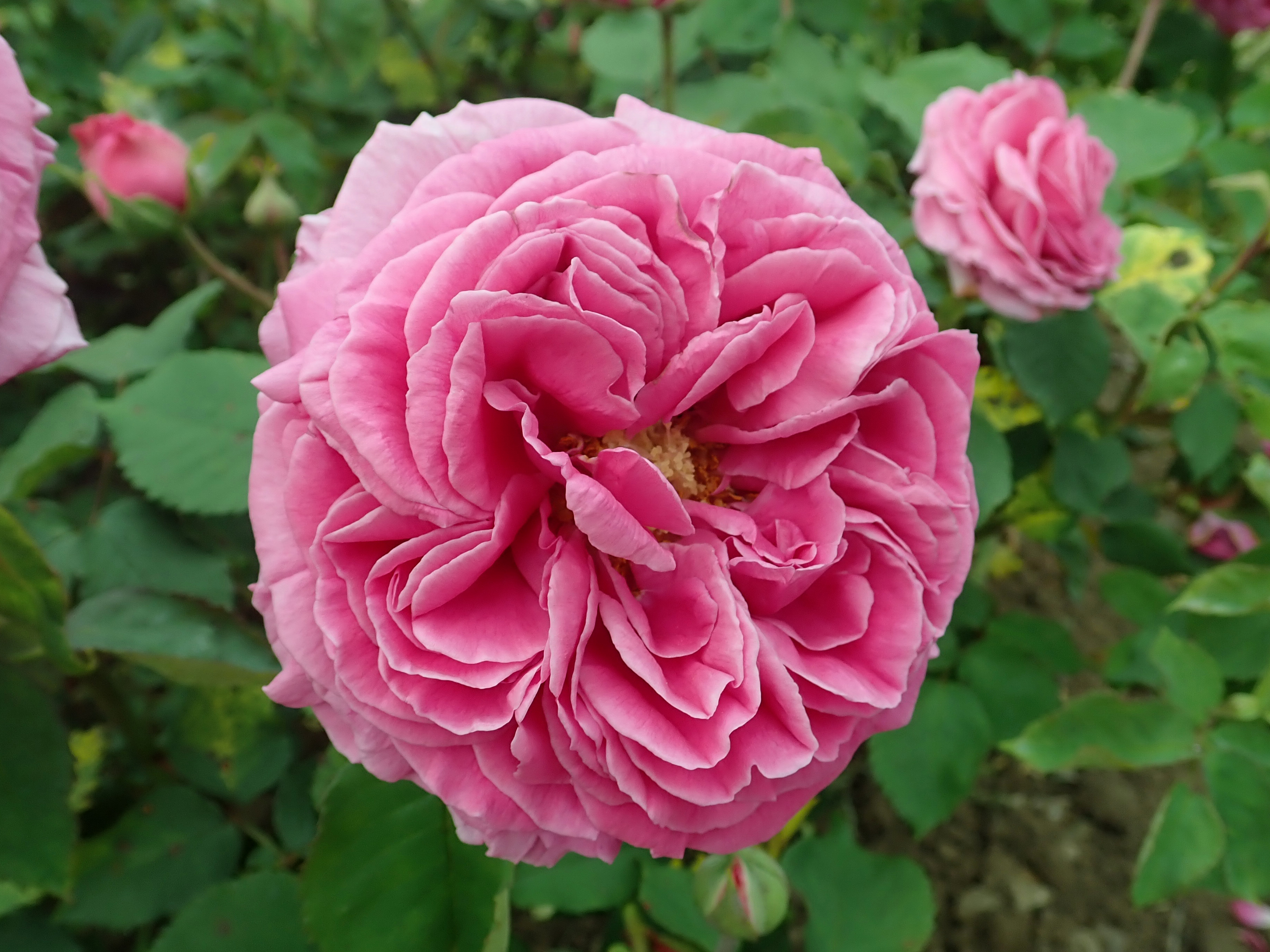
‘Garibaldi’, Pradel, 1860
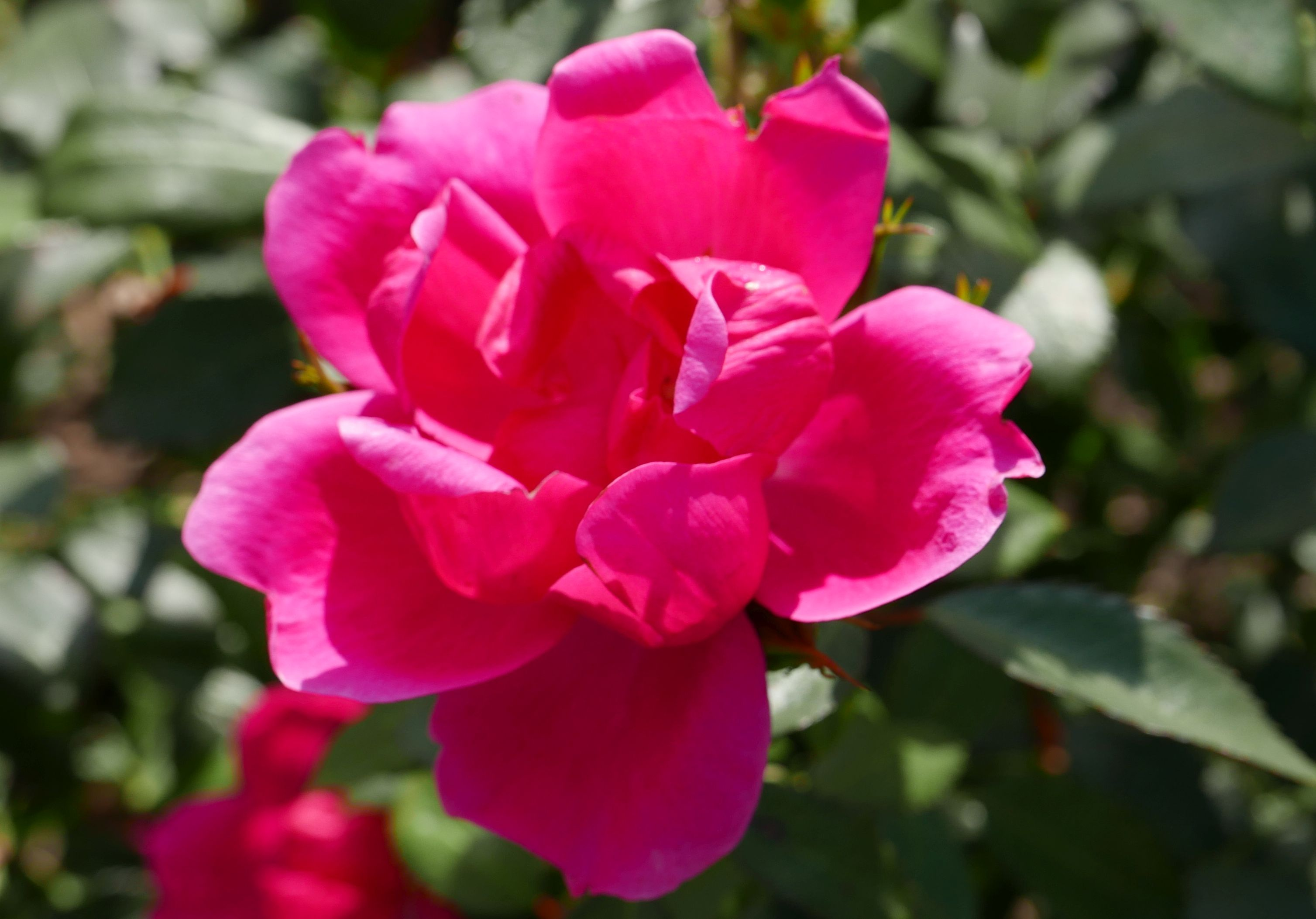
‘Gartenfreund’, Kordes, 2013
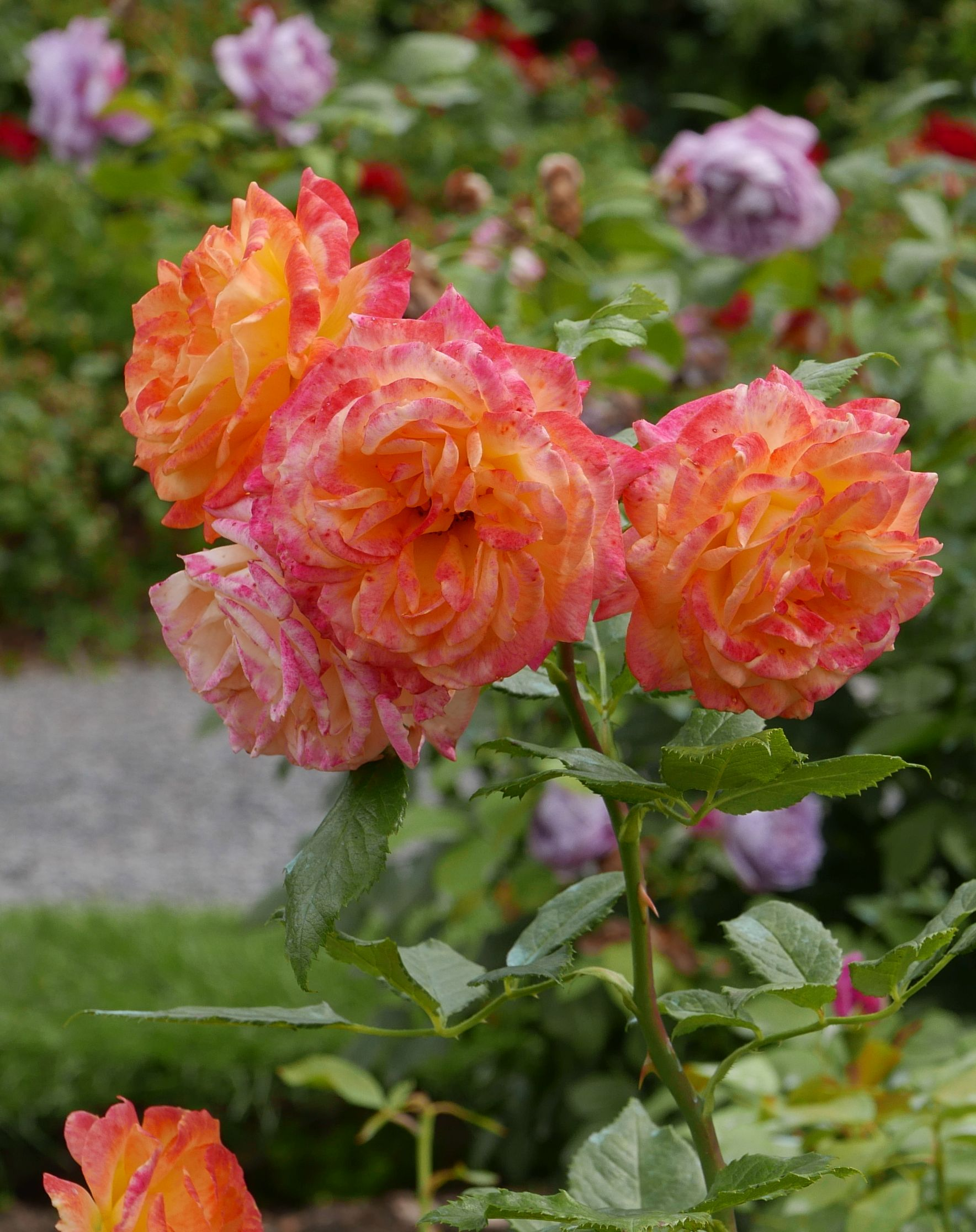
‘Gartenspaß’, Kordes, 2008
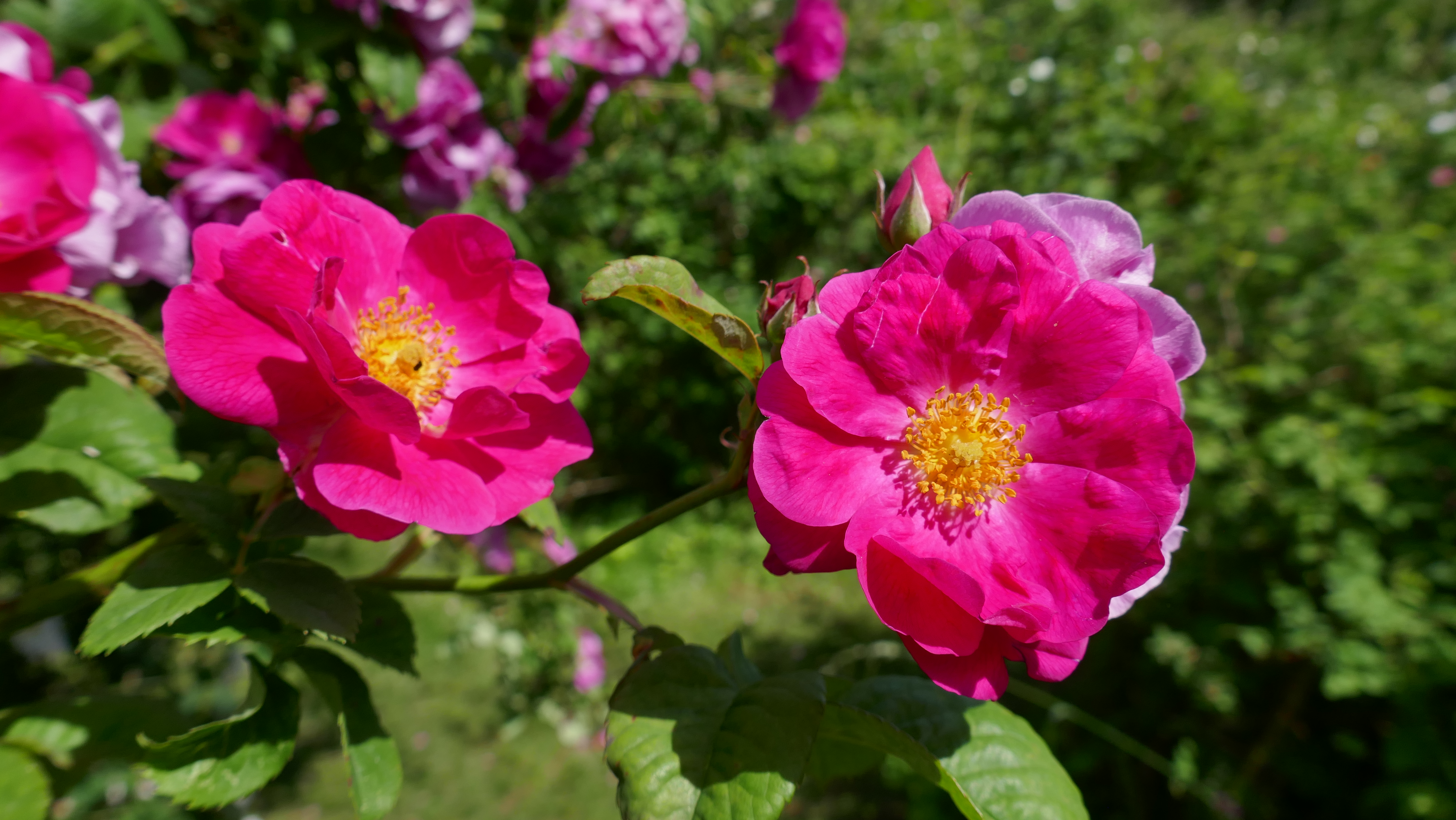
‘Gartenstadt Liegnitz’, Lambert, 1910
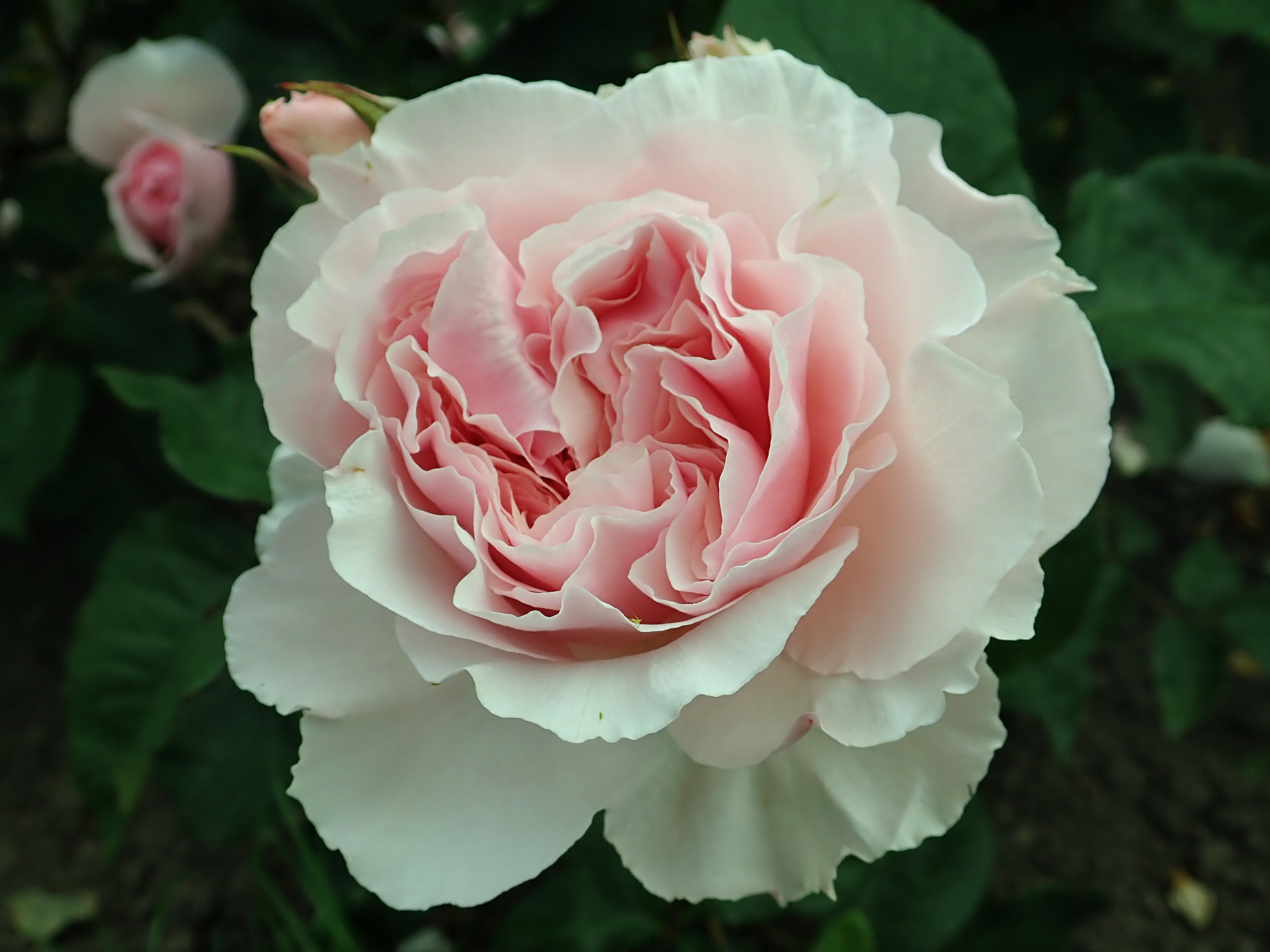
‘Gartenträume’, Evers/Tantau, 2005
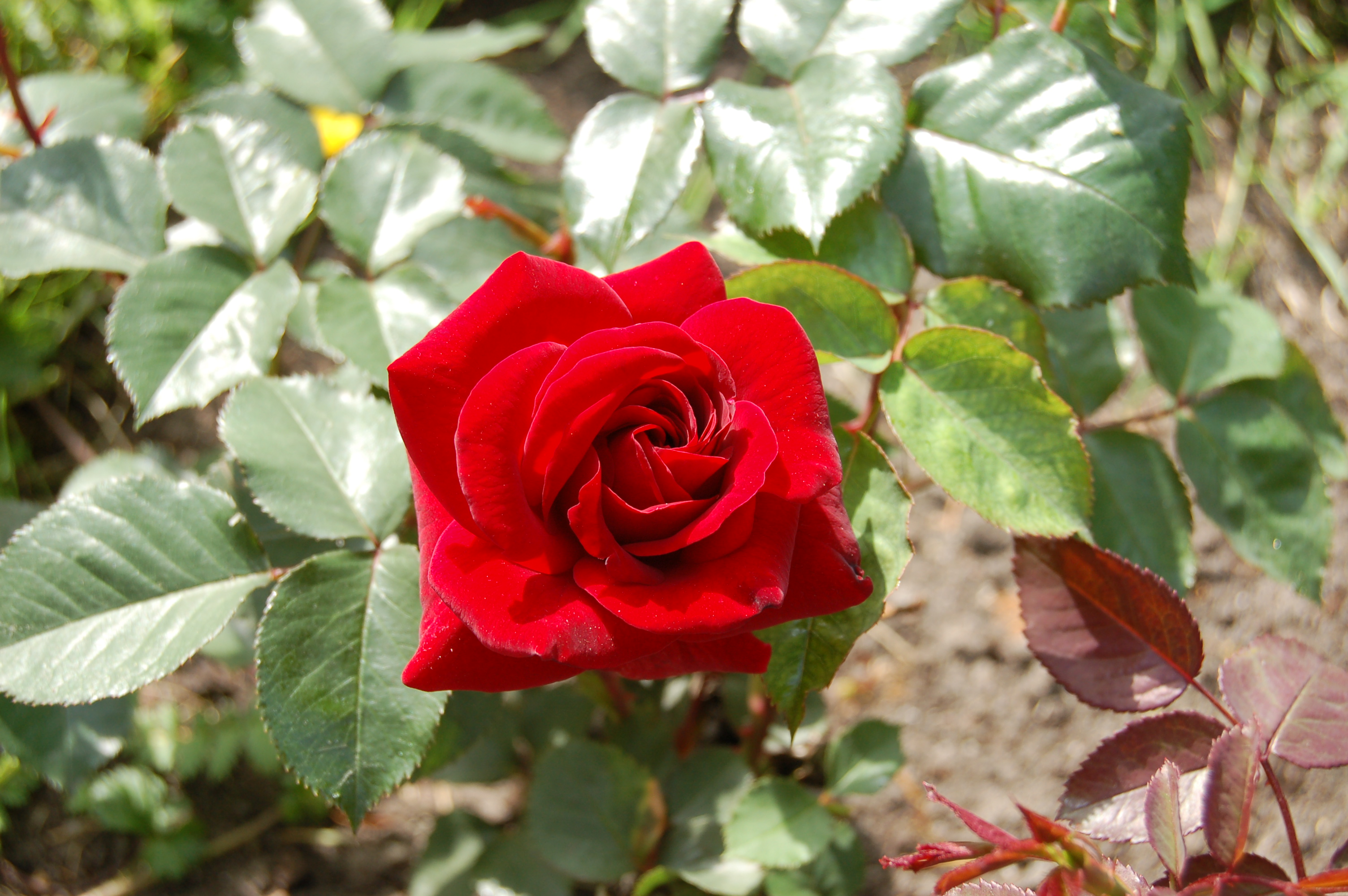
‘Gartenzauber’, Kordes, 1984
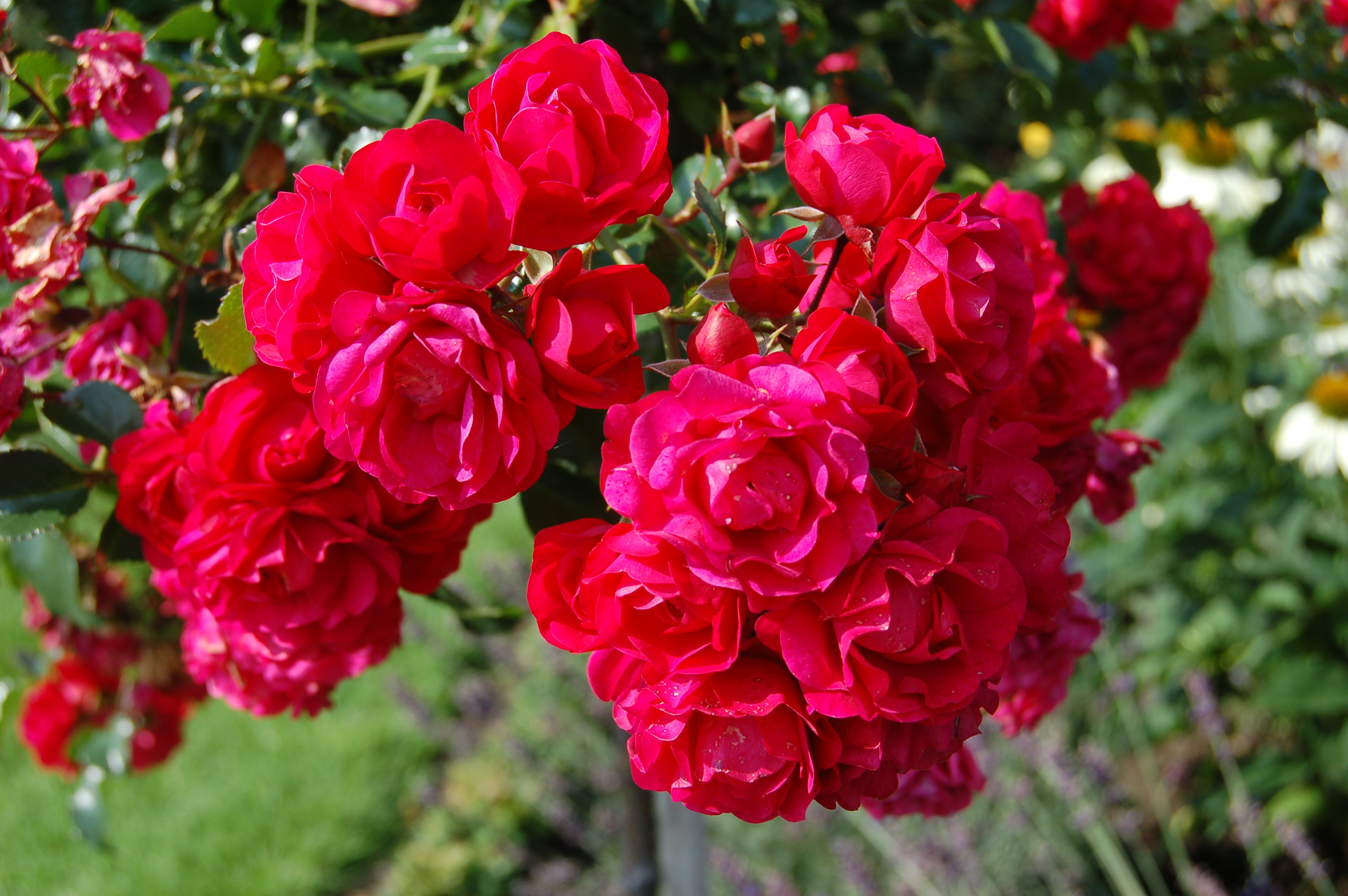
‘Gärtnerfreude’, Kordes, 2001
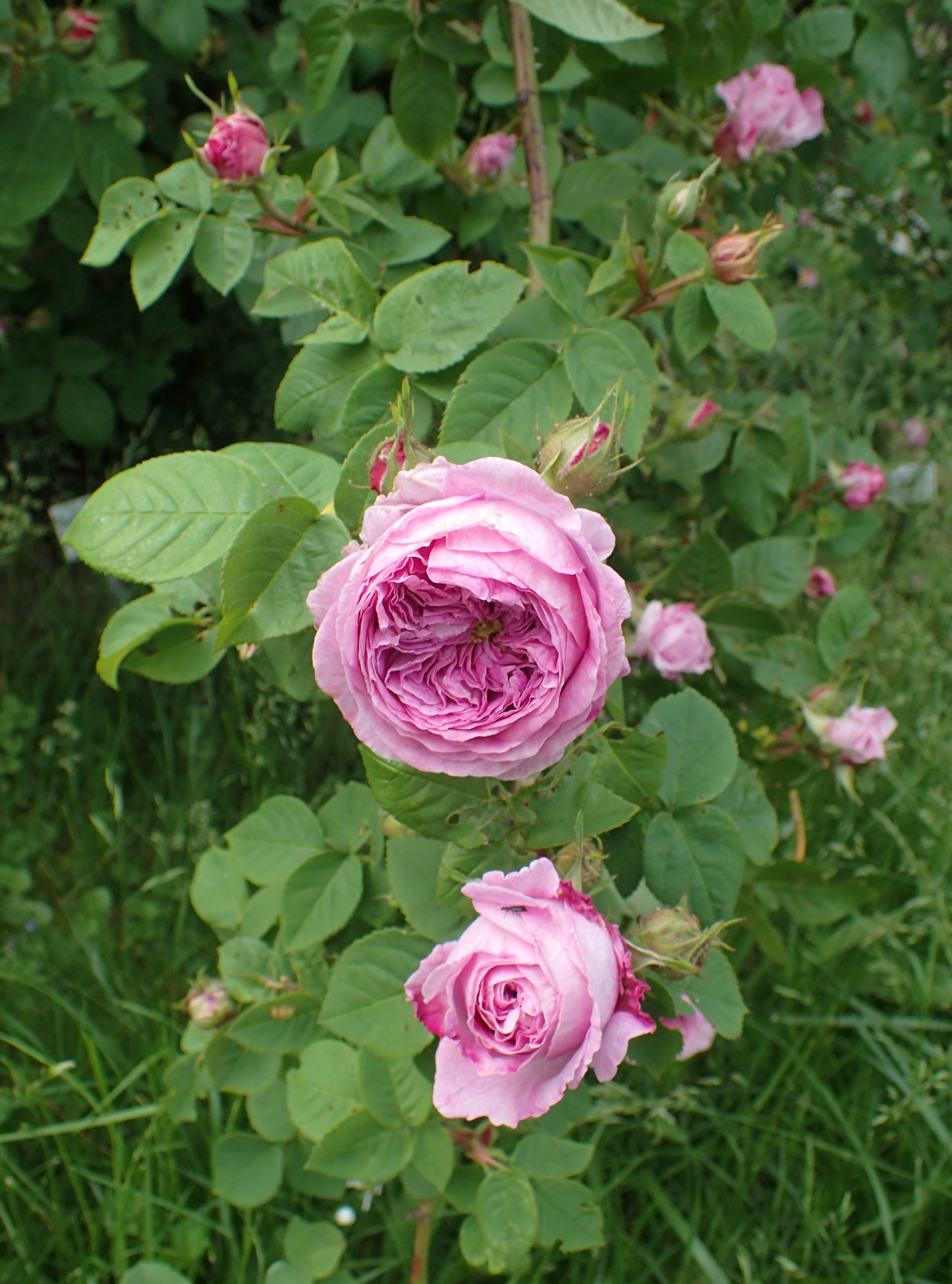
‘Gaspard Monge’, Robert, 1854
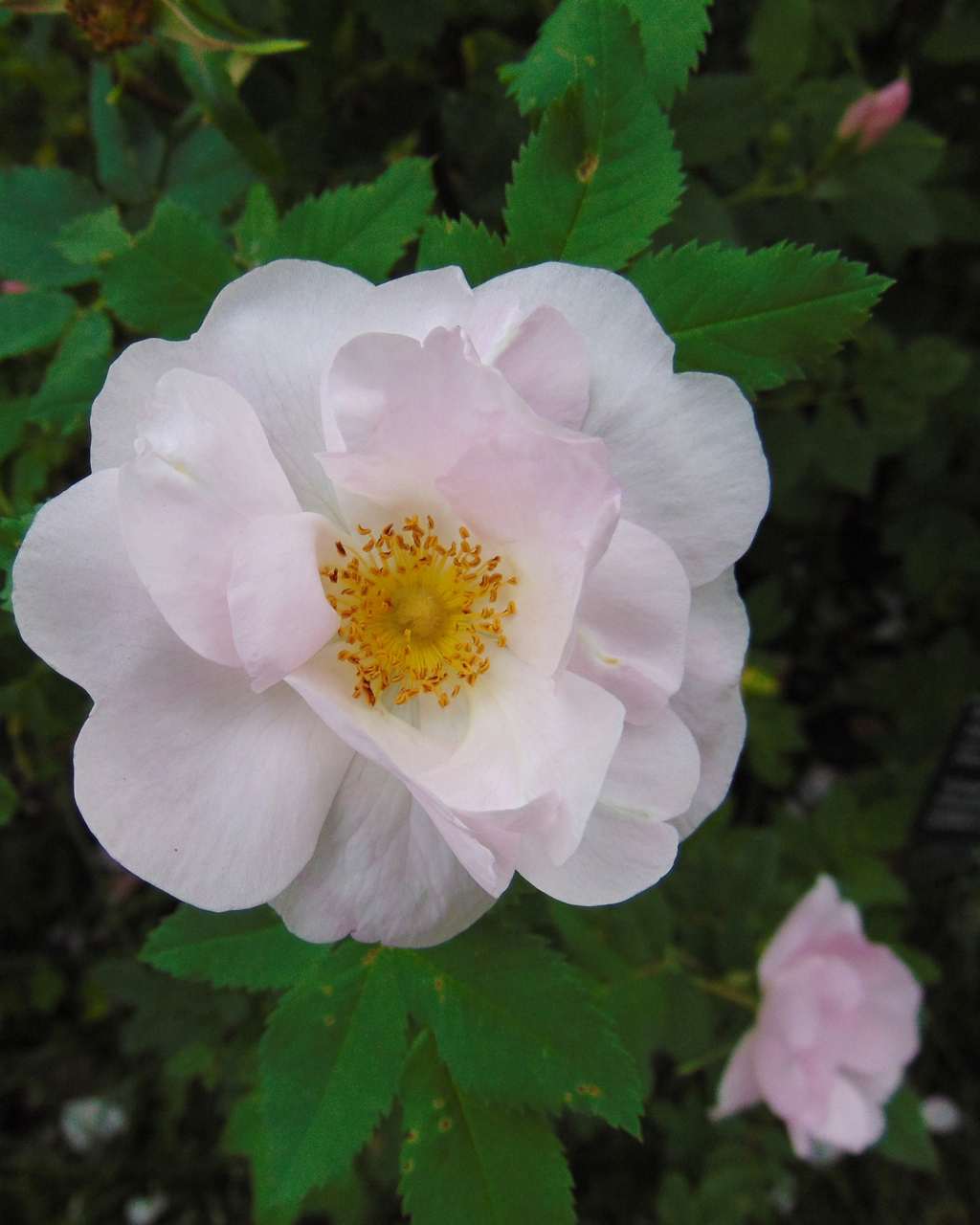
‘Gay Centennial’, Robinson, 1972
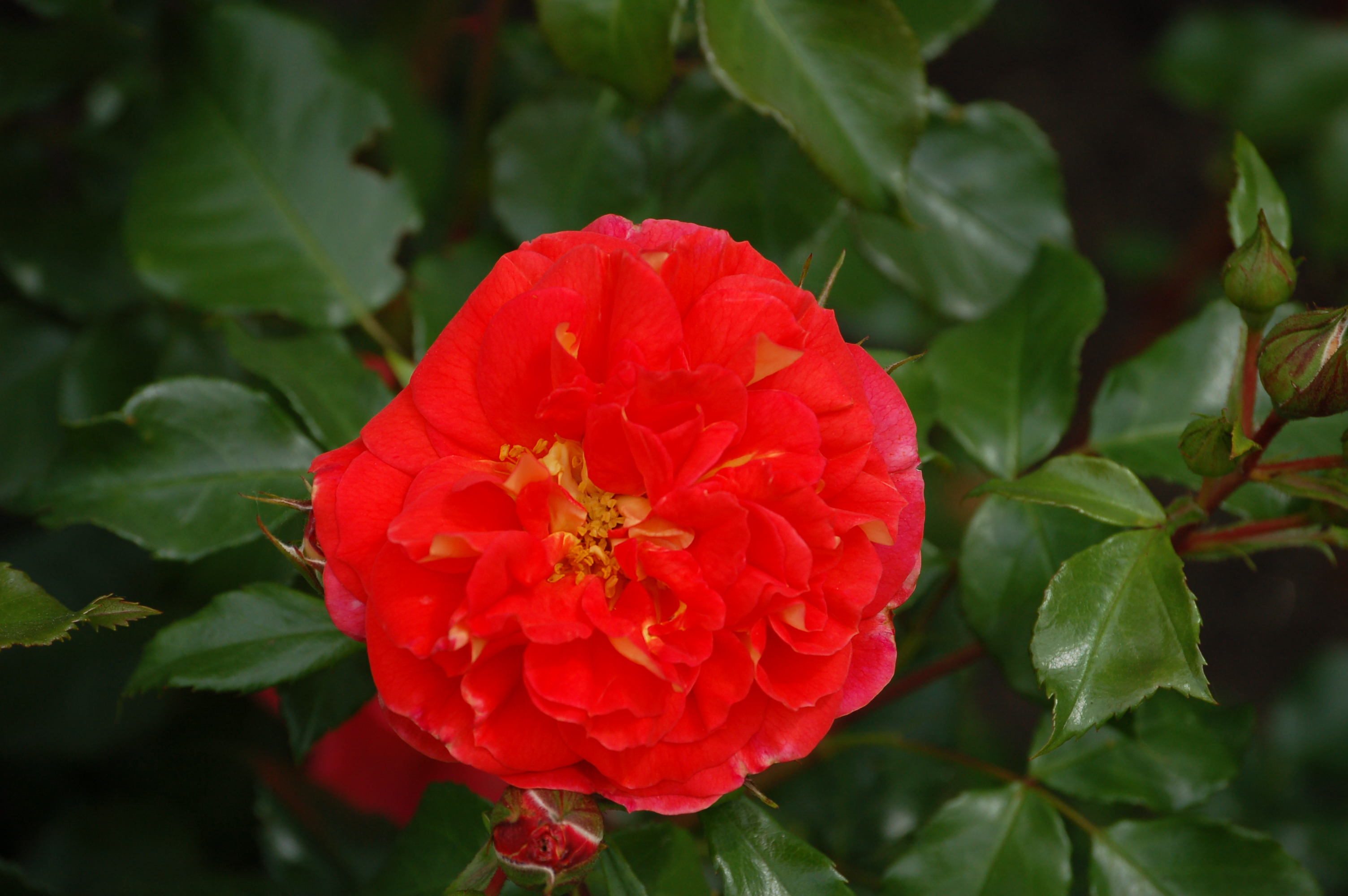
‘Gebrüder Grimm’, Kordes, 2003
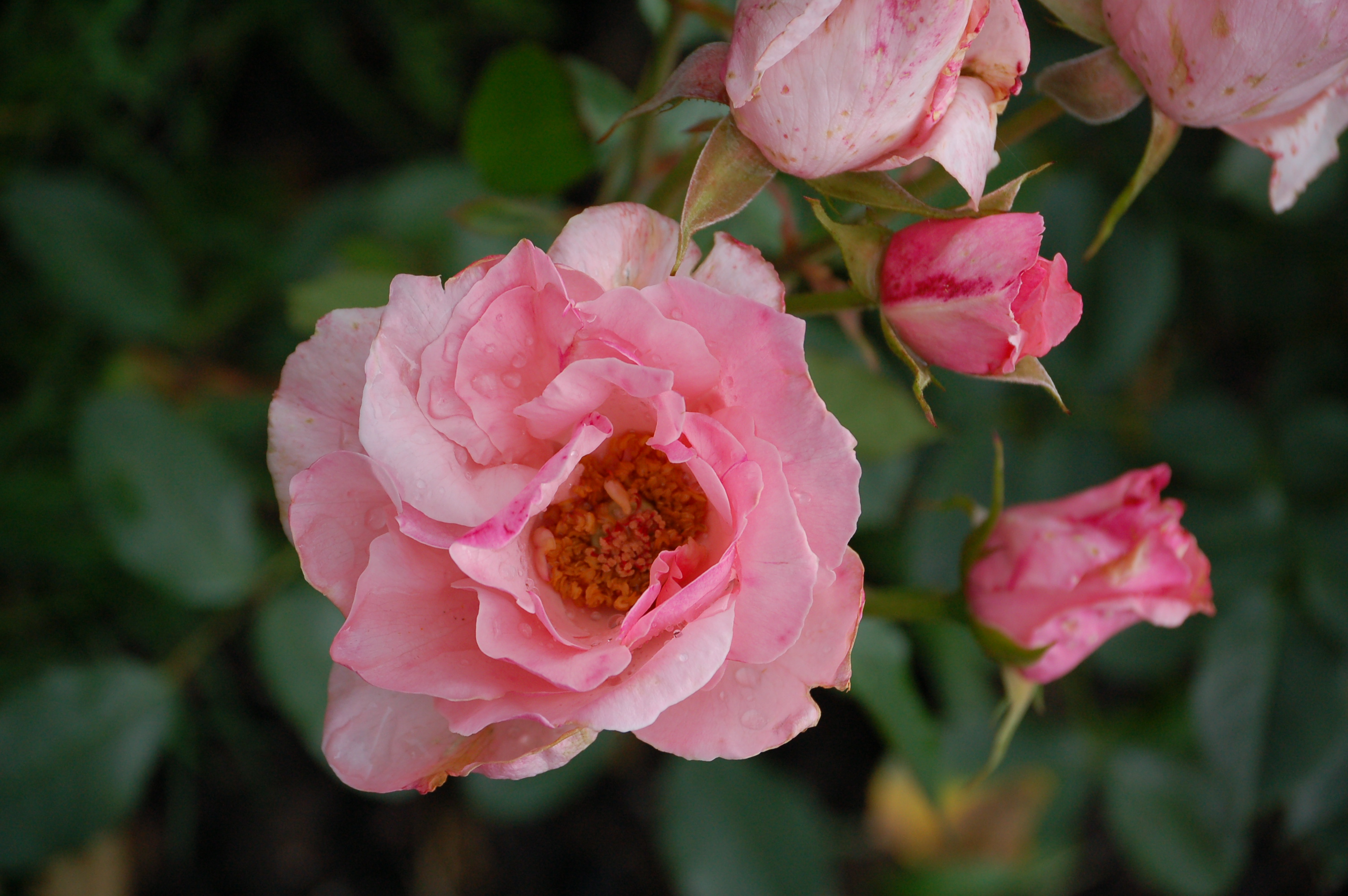
‘Geisha’, M. Tantau jun., 1964
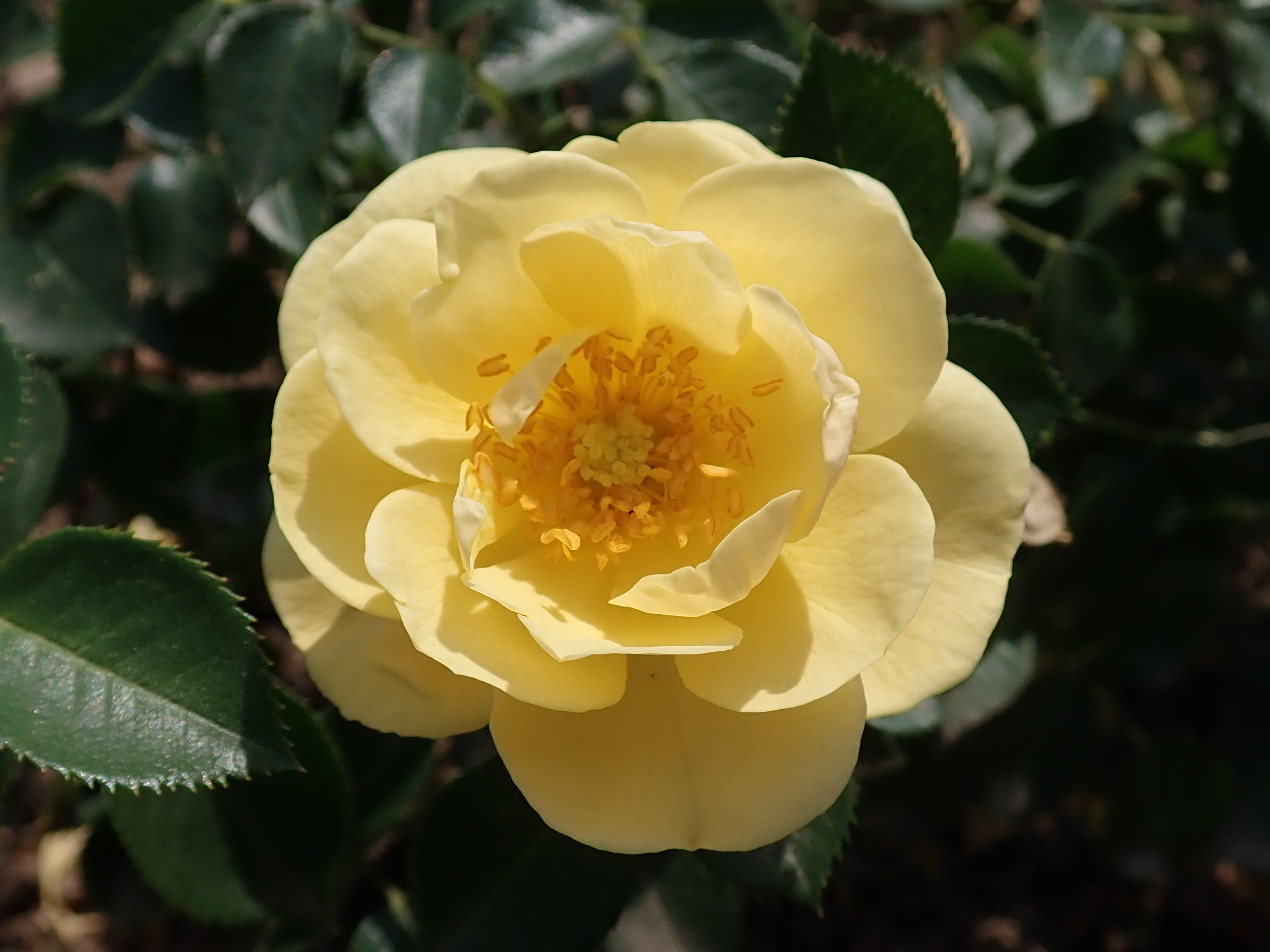
‘Gelbe Babyflor’, Tantau, 2016
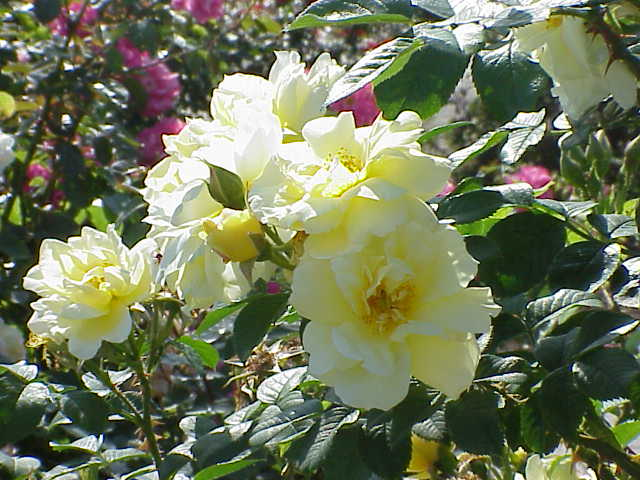
‘Gelbe Dagmar Hastrup’, Meilland, 1989
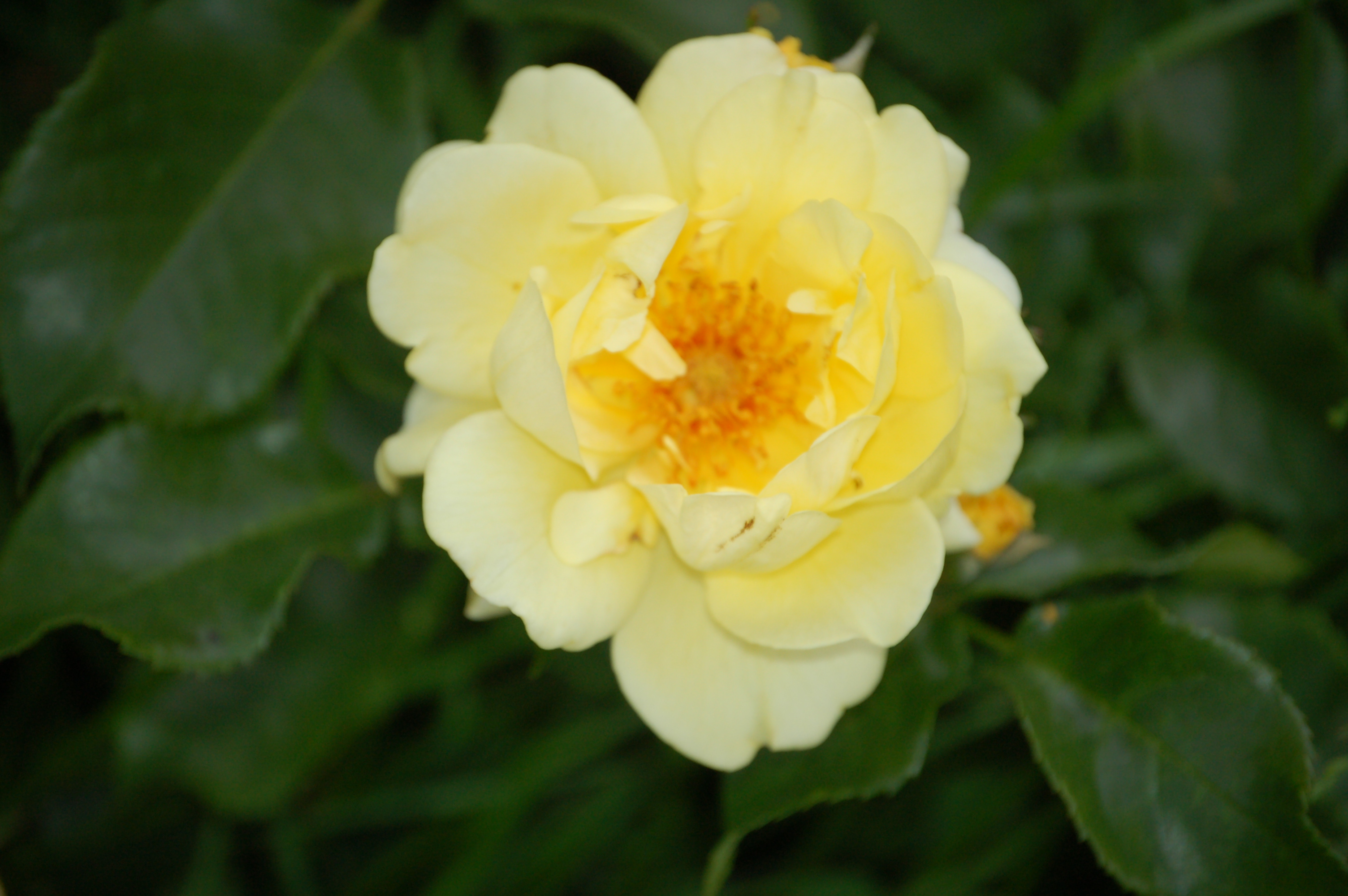
‘Gelber Engel’, Kordes, 2002
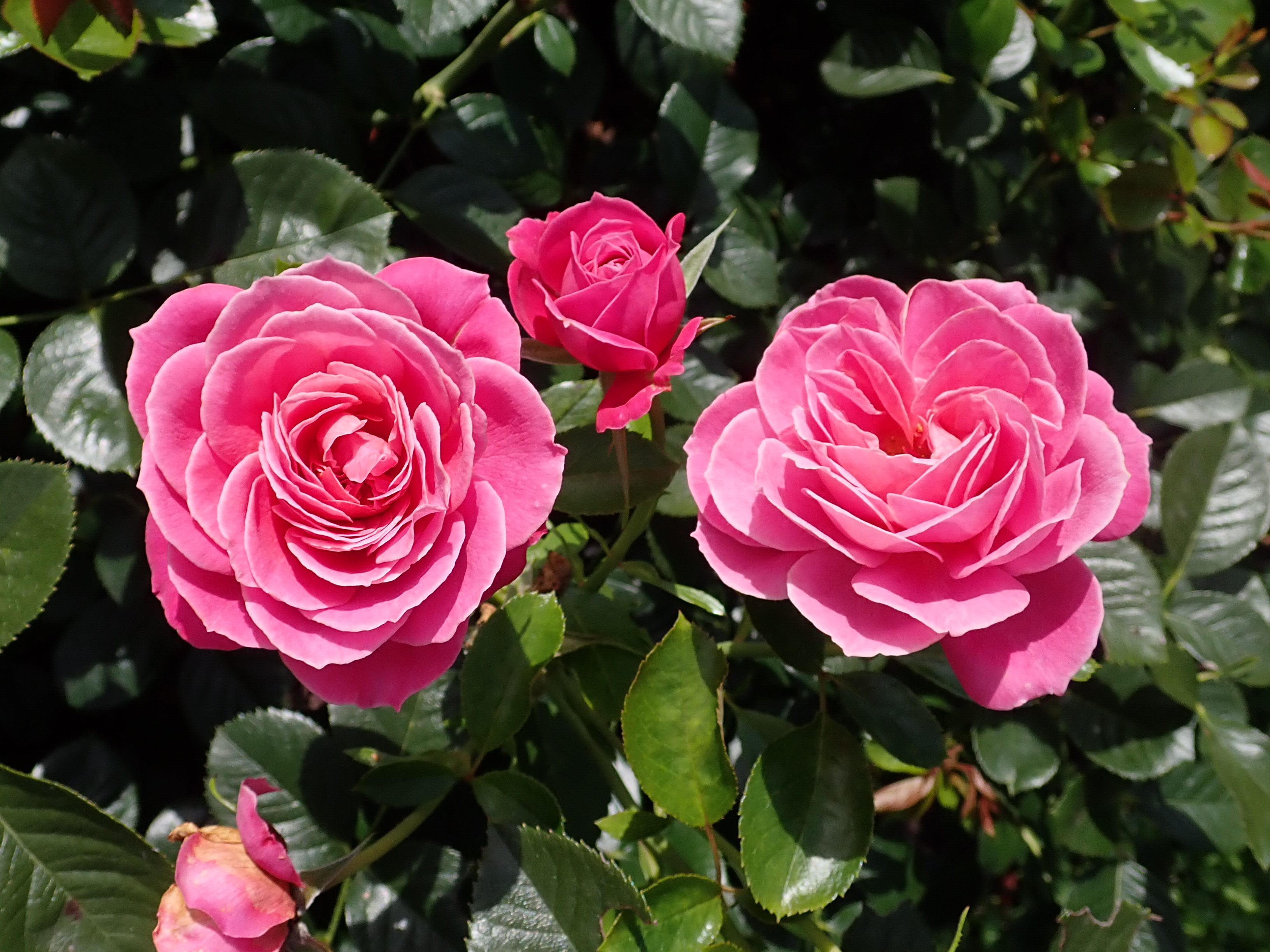
‘Gemma’, Harkness, 2003
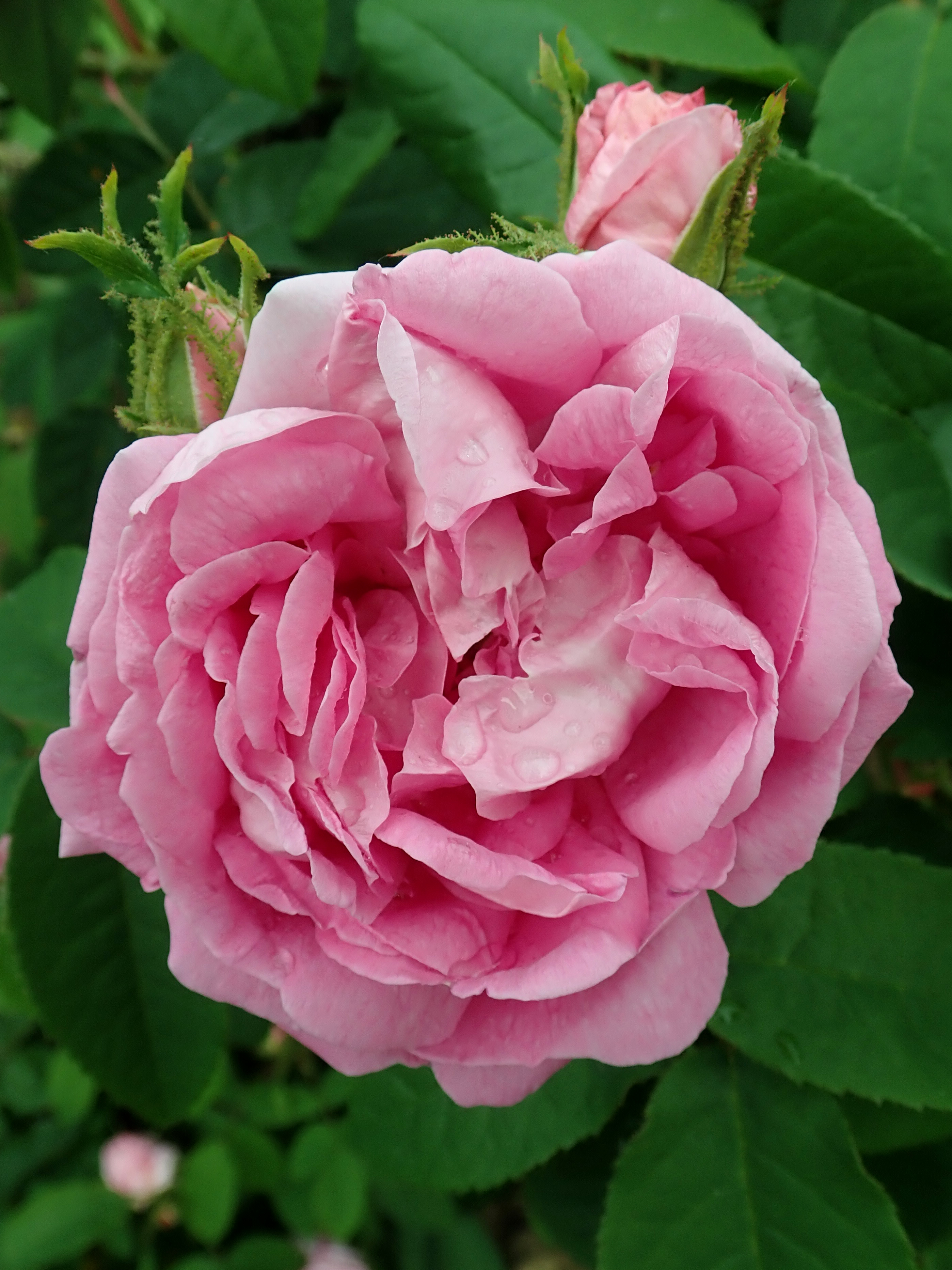
‘Général Clerc’, Laffay, 1845
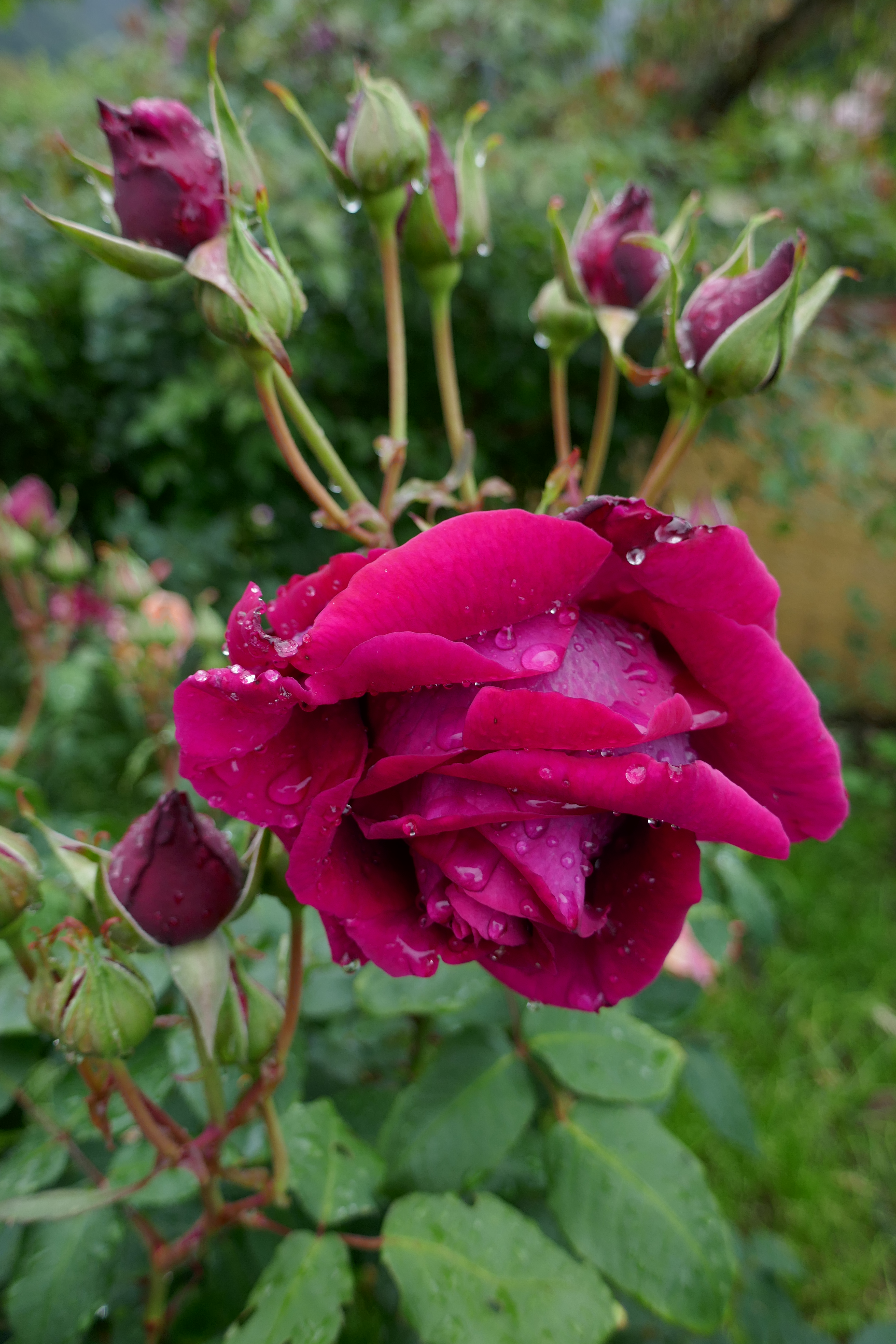
‘Général Galliéni’, Nabonnand, 1899
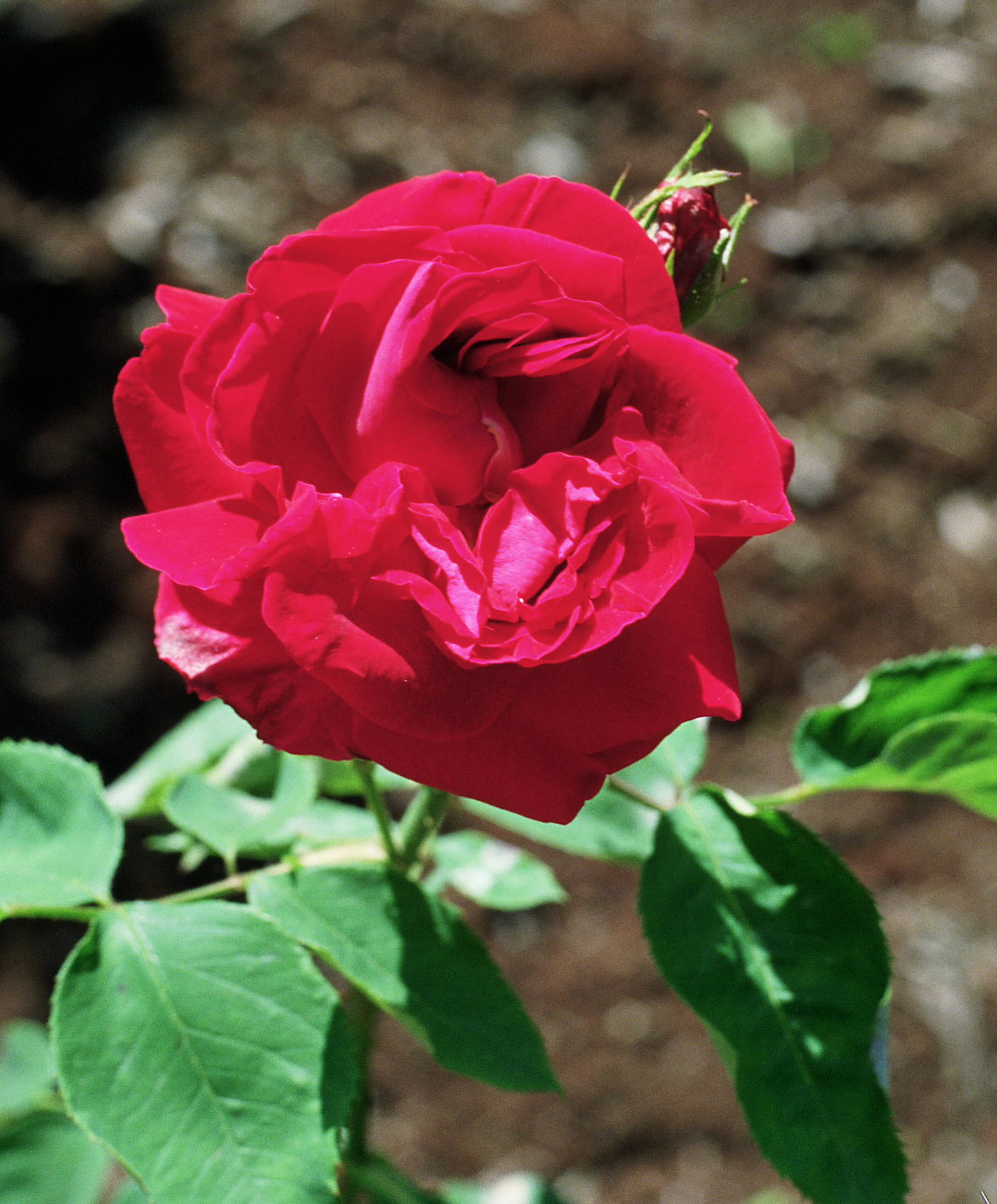
‘Général Jacqueminot’, Roussel/Rousselet, 1853
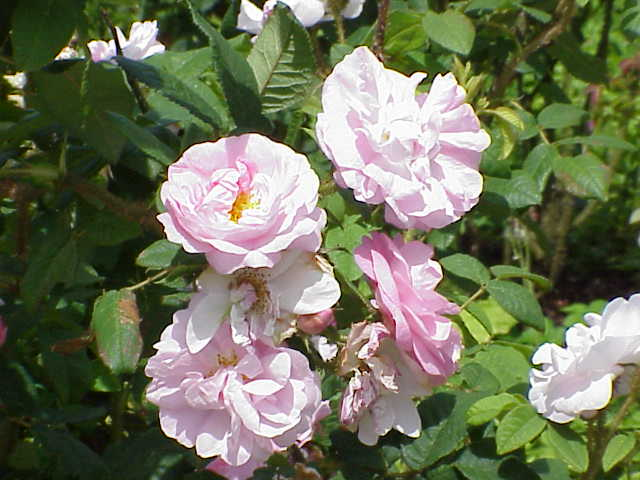
‘Général Kléber’, Robert, 1856
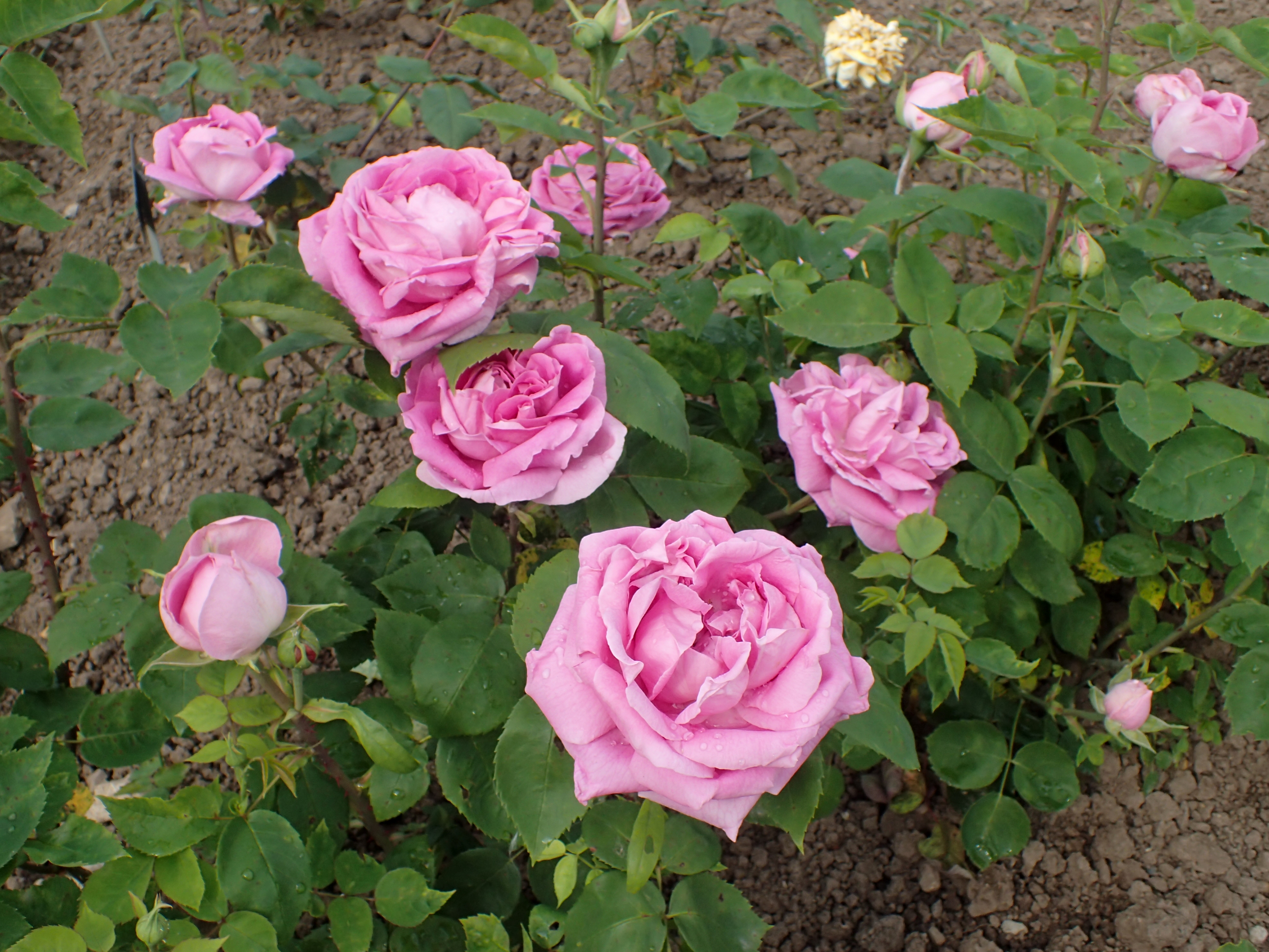
‘General Th. Peschkoff’, Gebrüder Ketten, 1909
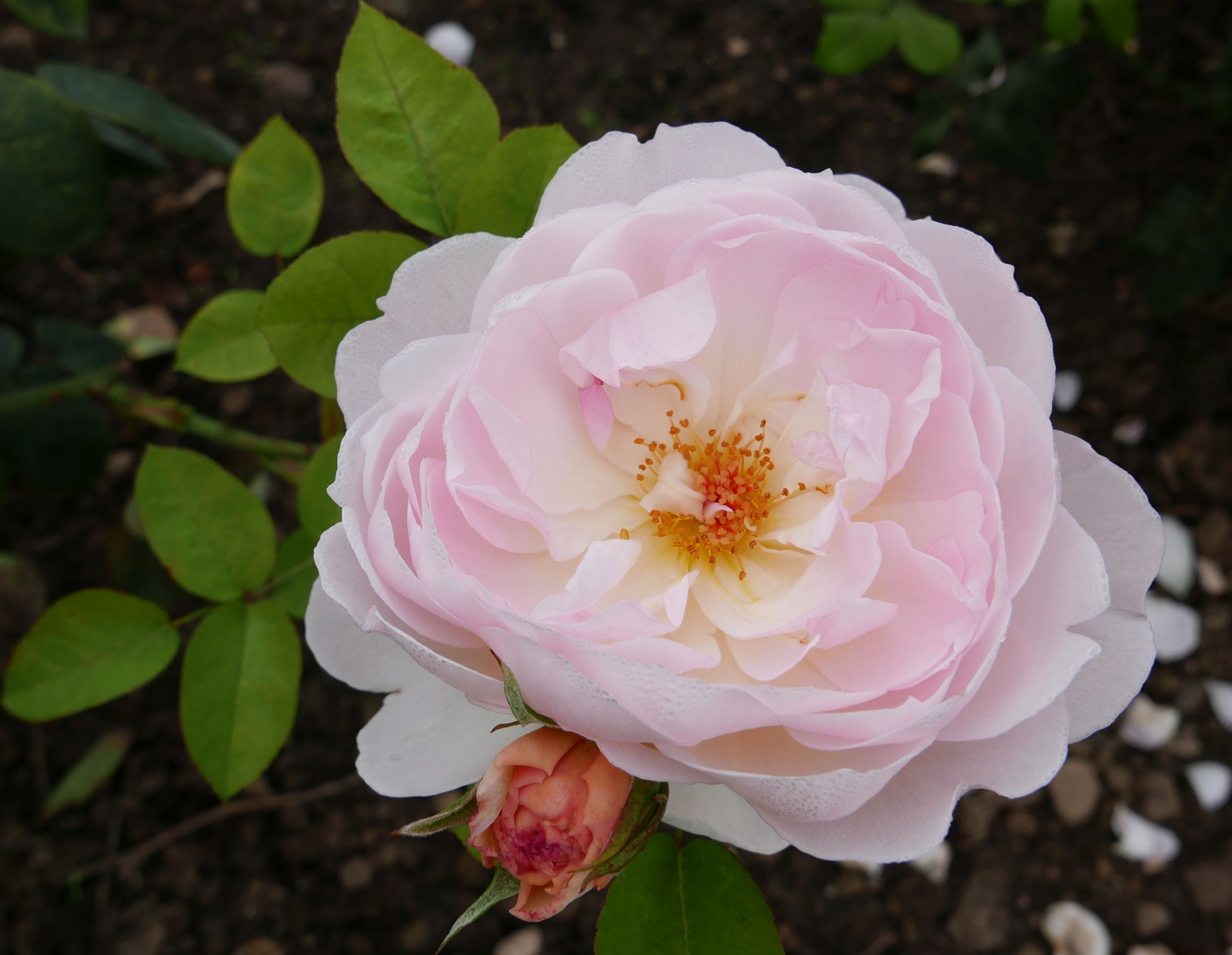
‘Gentle Hermione’, Austin, 2005
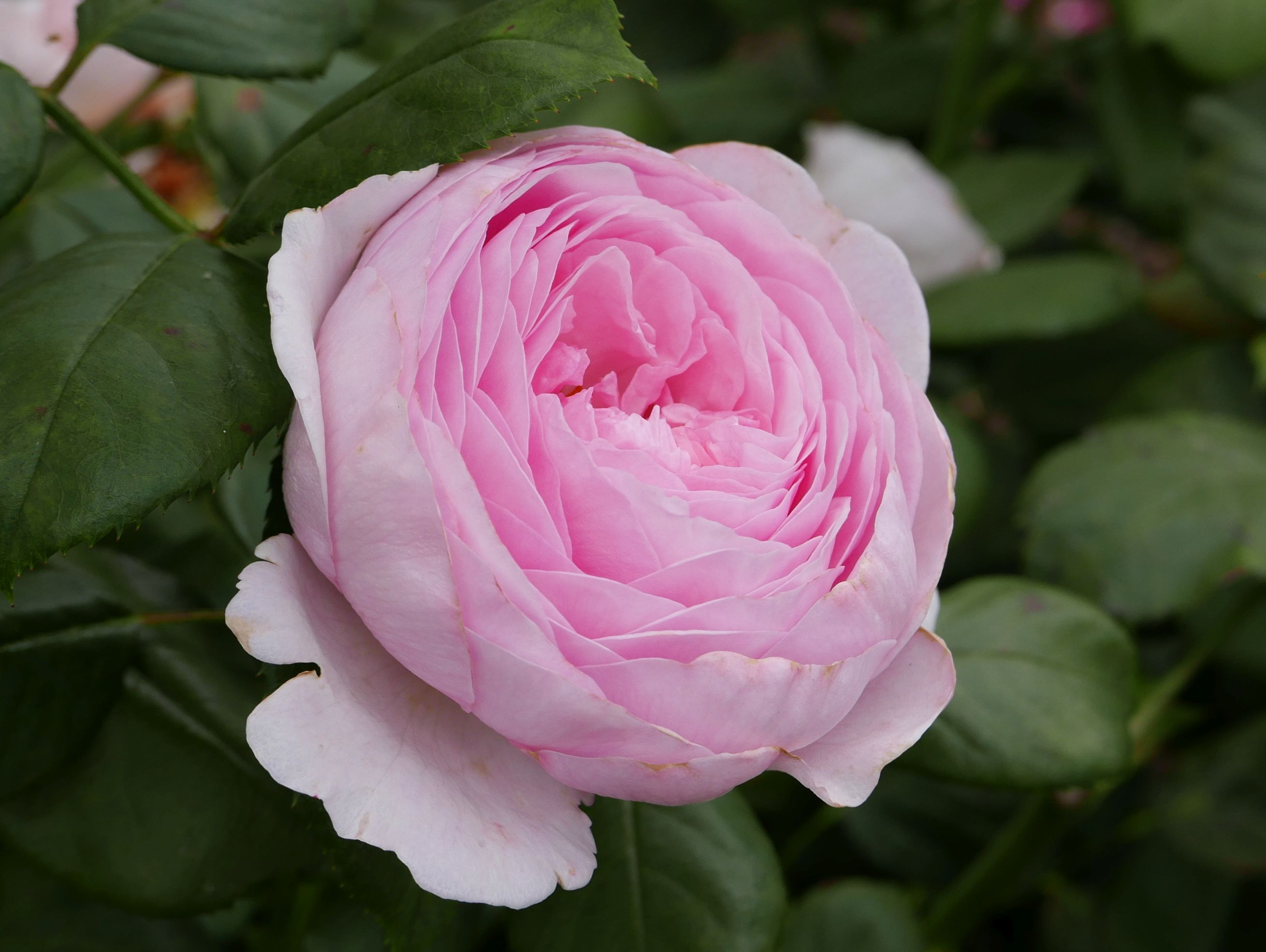
‘Geoff Hamilton’, Austin, 1997
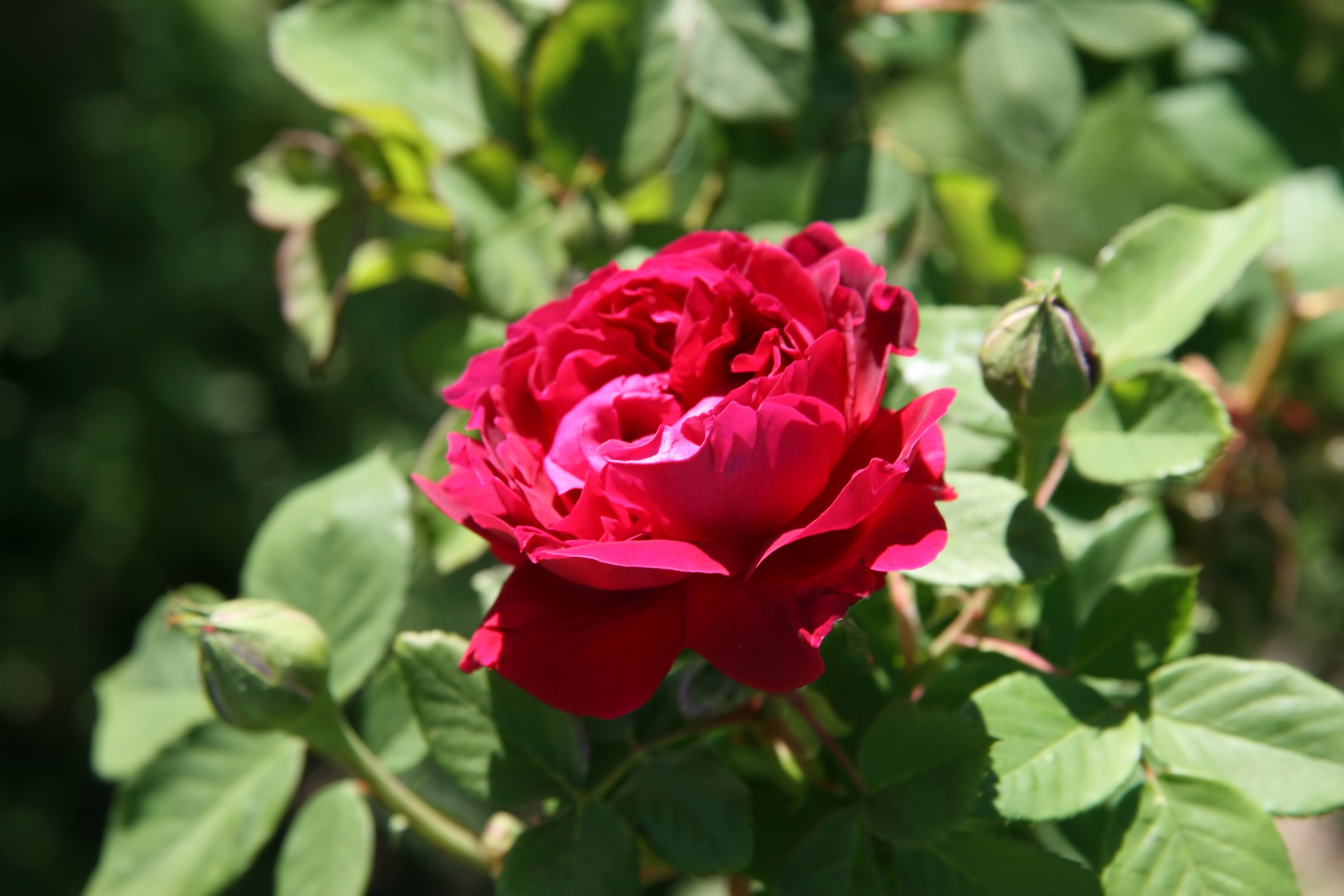
‘George IV’ (oder ‘Royal Pourpre’), Thomas Rivers, 1817
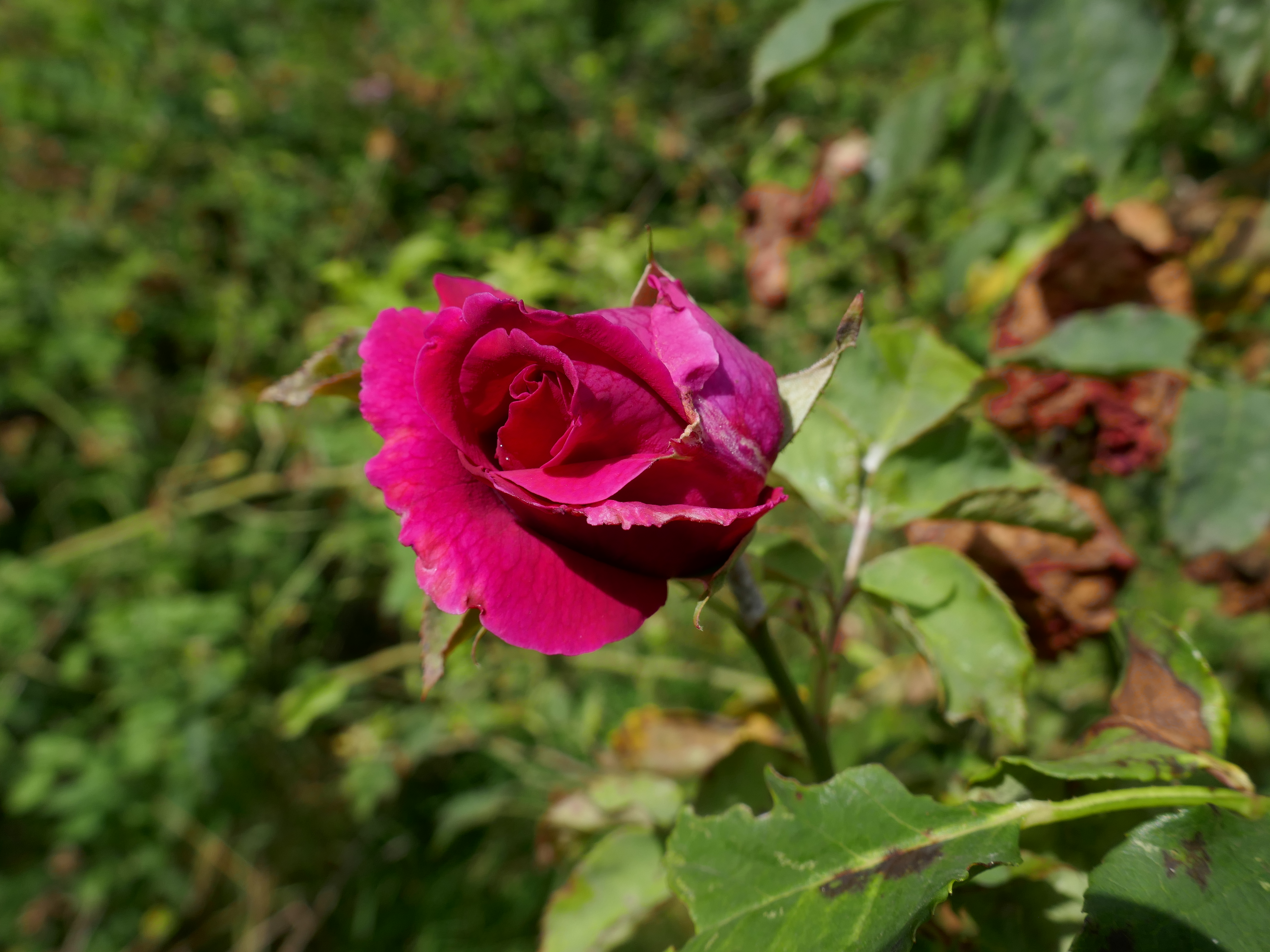
‘George Dickson’, A. Dickson, 1912
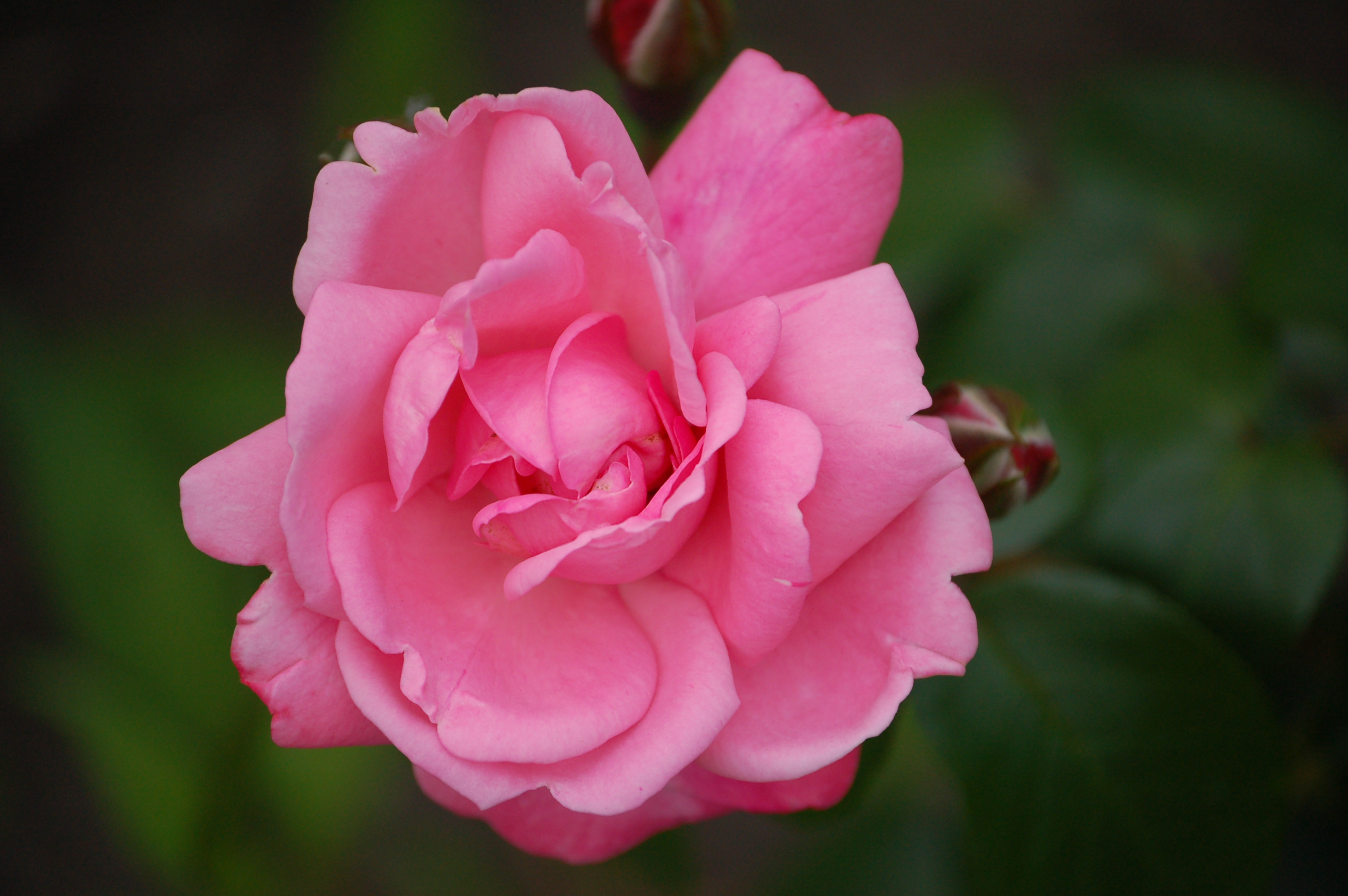
‘Georgette’, Kordes, 1995
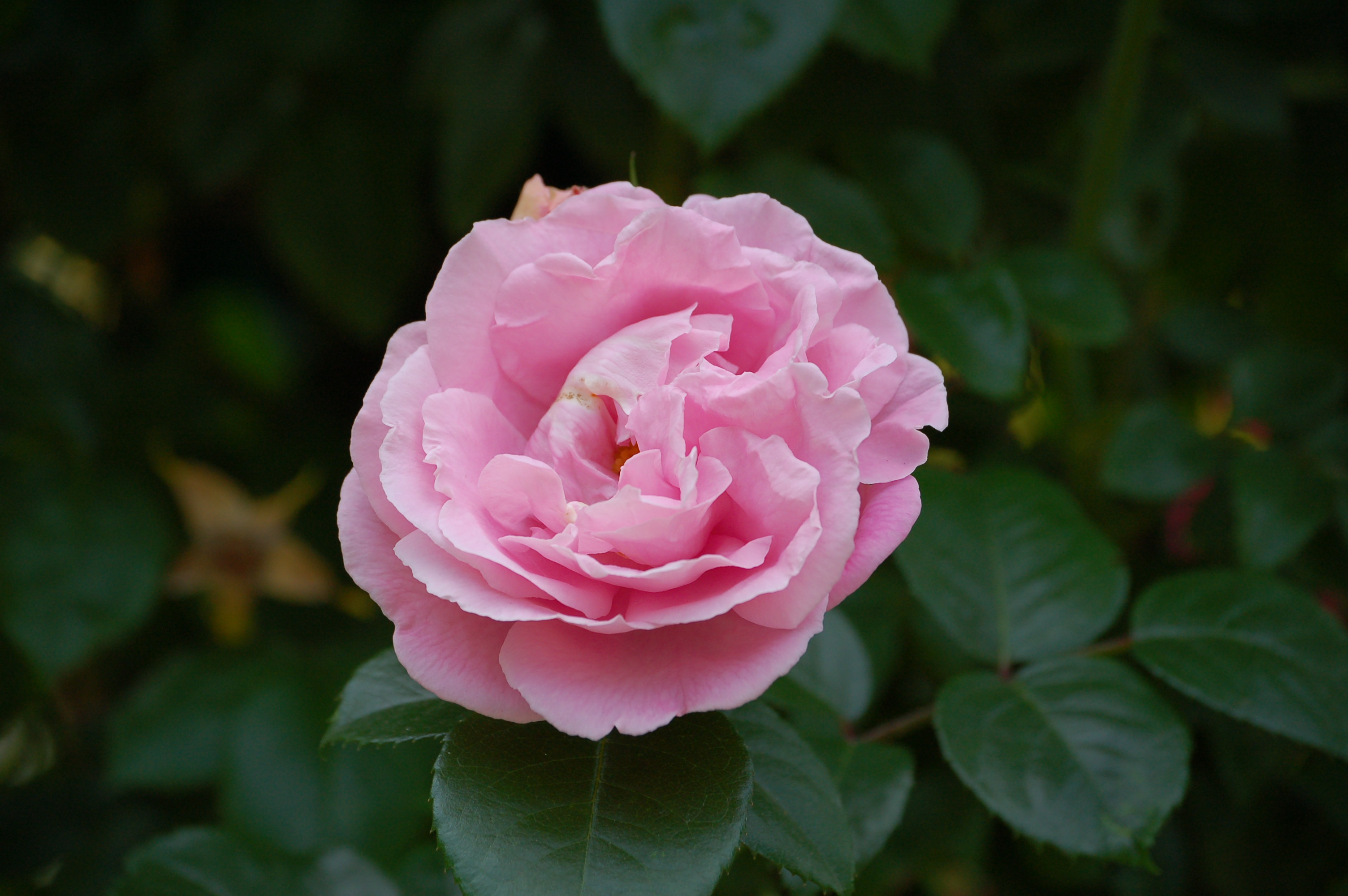
‘Gerbe Rose’, Fauque, 1904
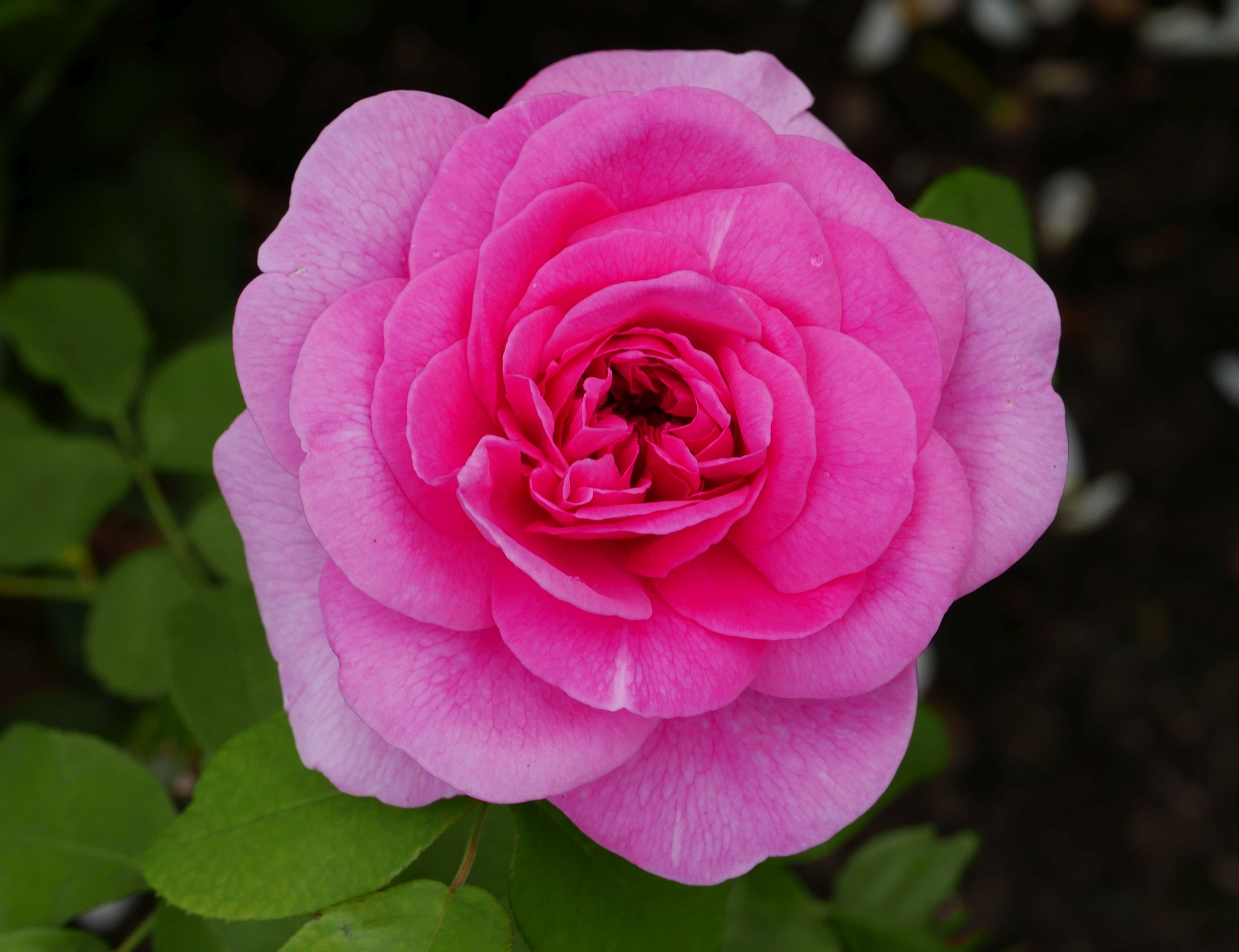
‘Gertrude Jekyll’, Austin, 1986
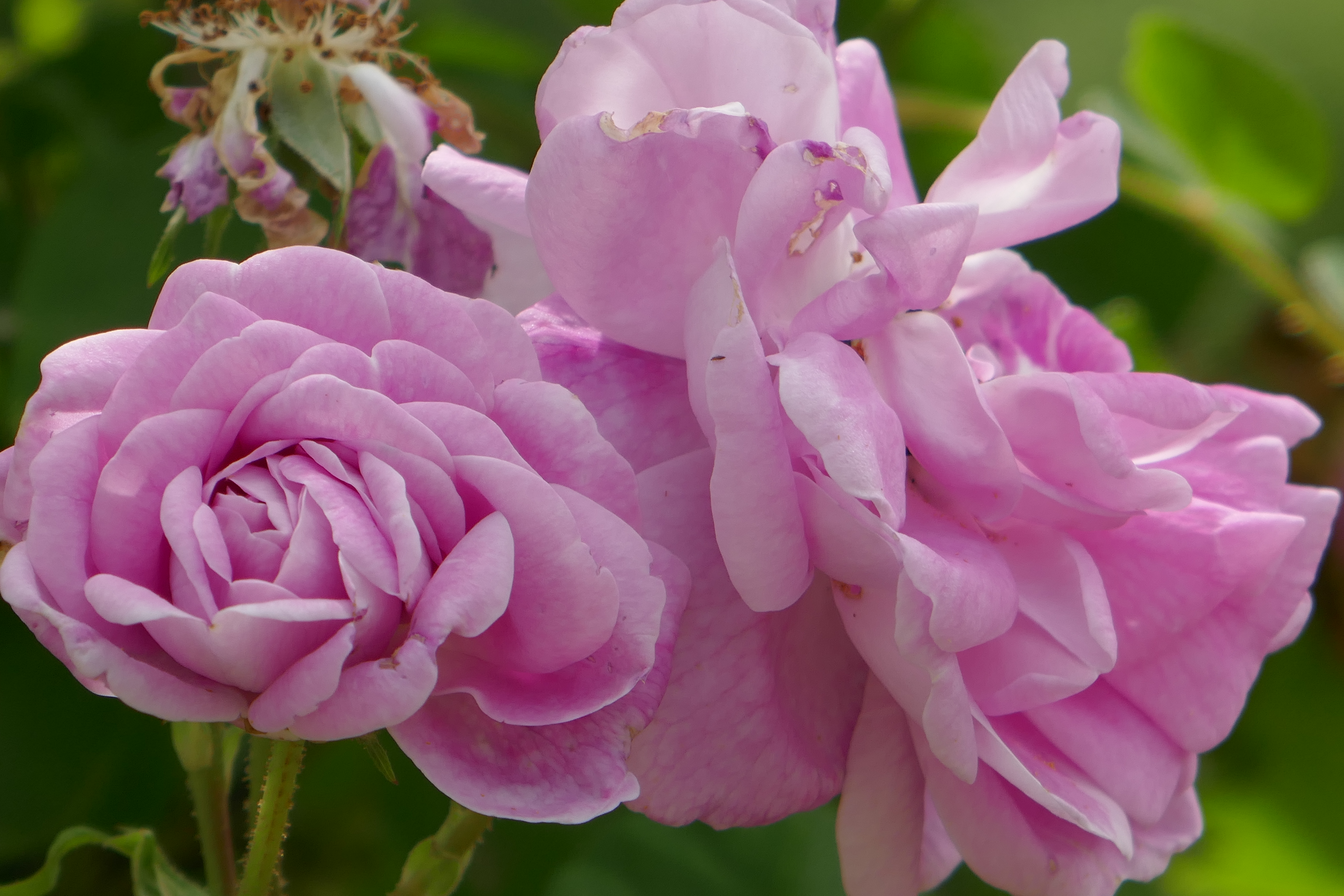
‘Geschwinds Nordlandrose’, Geschwind, 1884
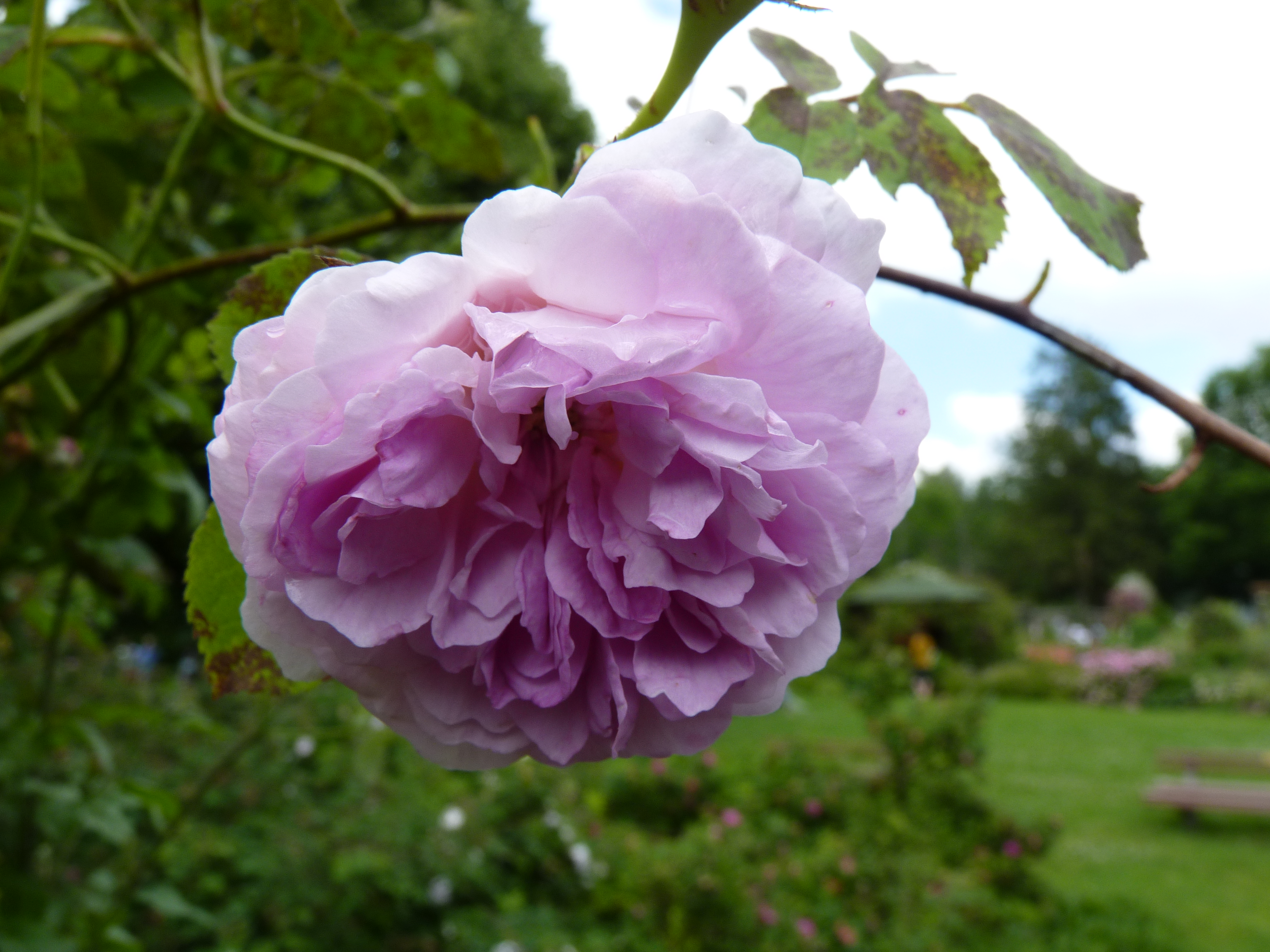
‘Geschwinds Orden’, Geschwind, 1885
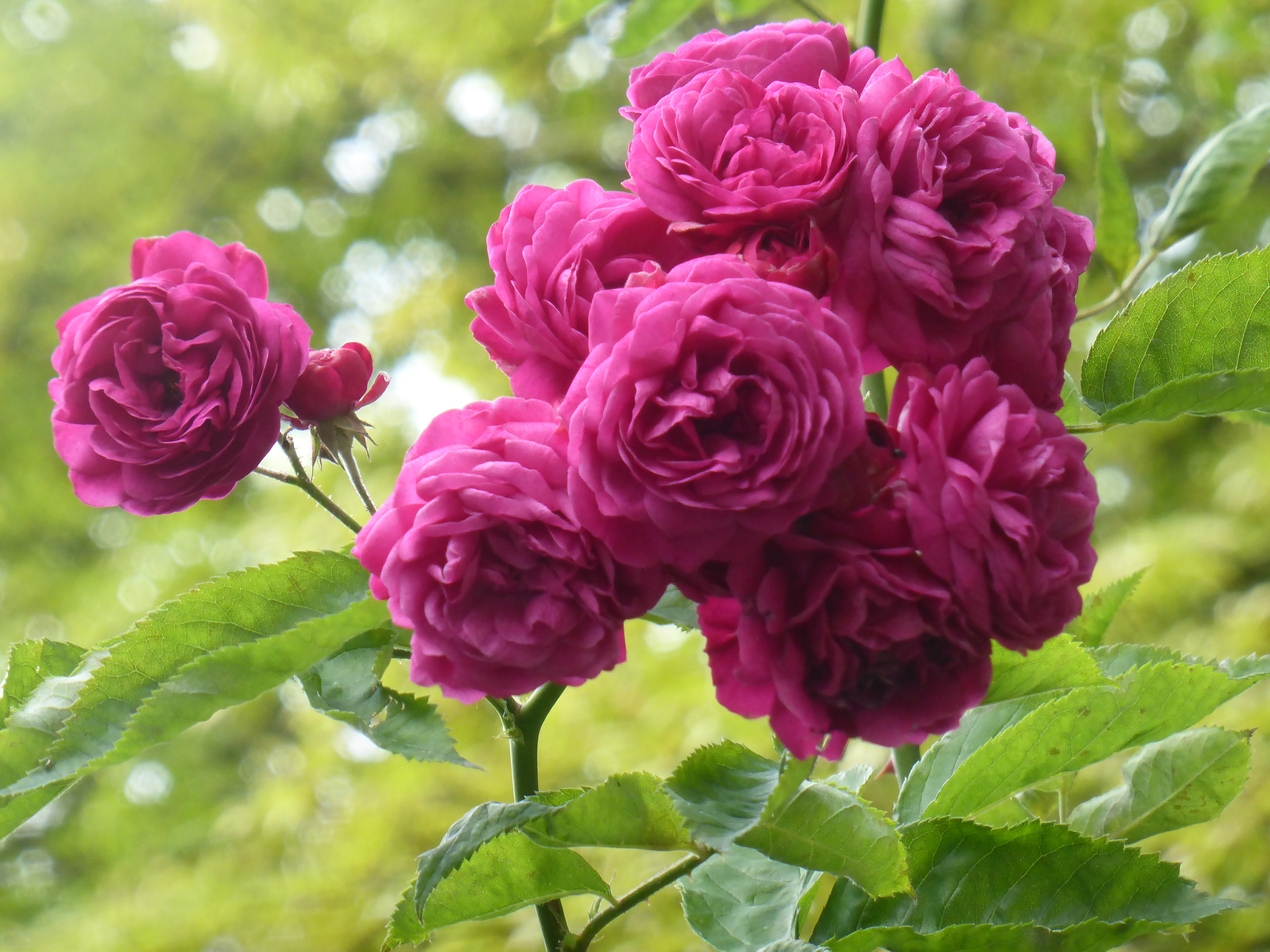
‘Geschwinds Schönste’, Geschwind, ca. 1900
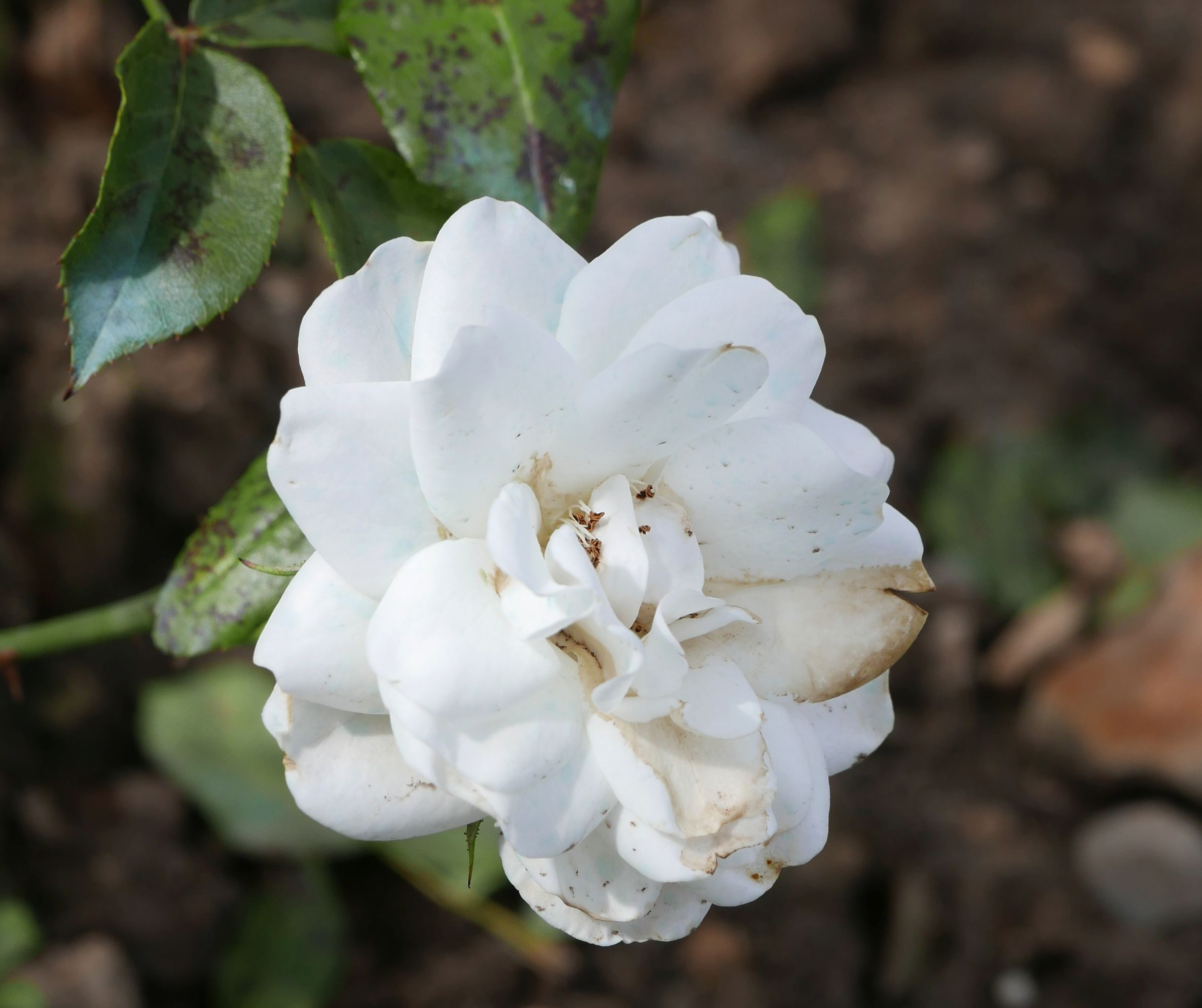
‘Geschwister Scholl’, Anni Berger, 1974
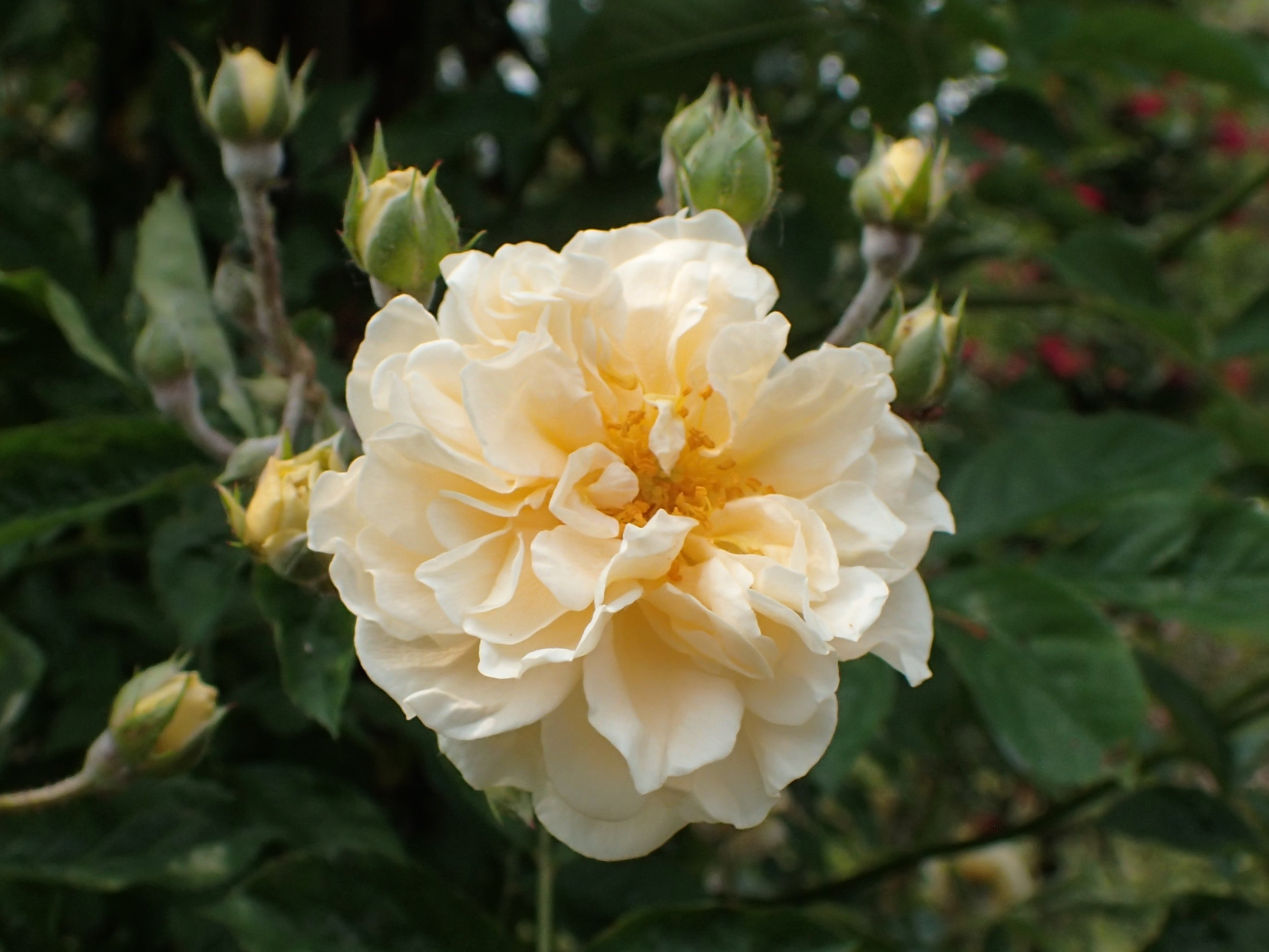
‘G. F. Veronica’, Demitrovisi, nach 1900
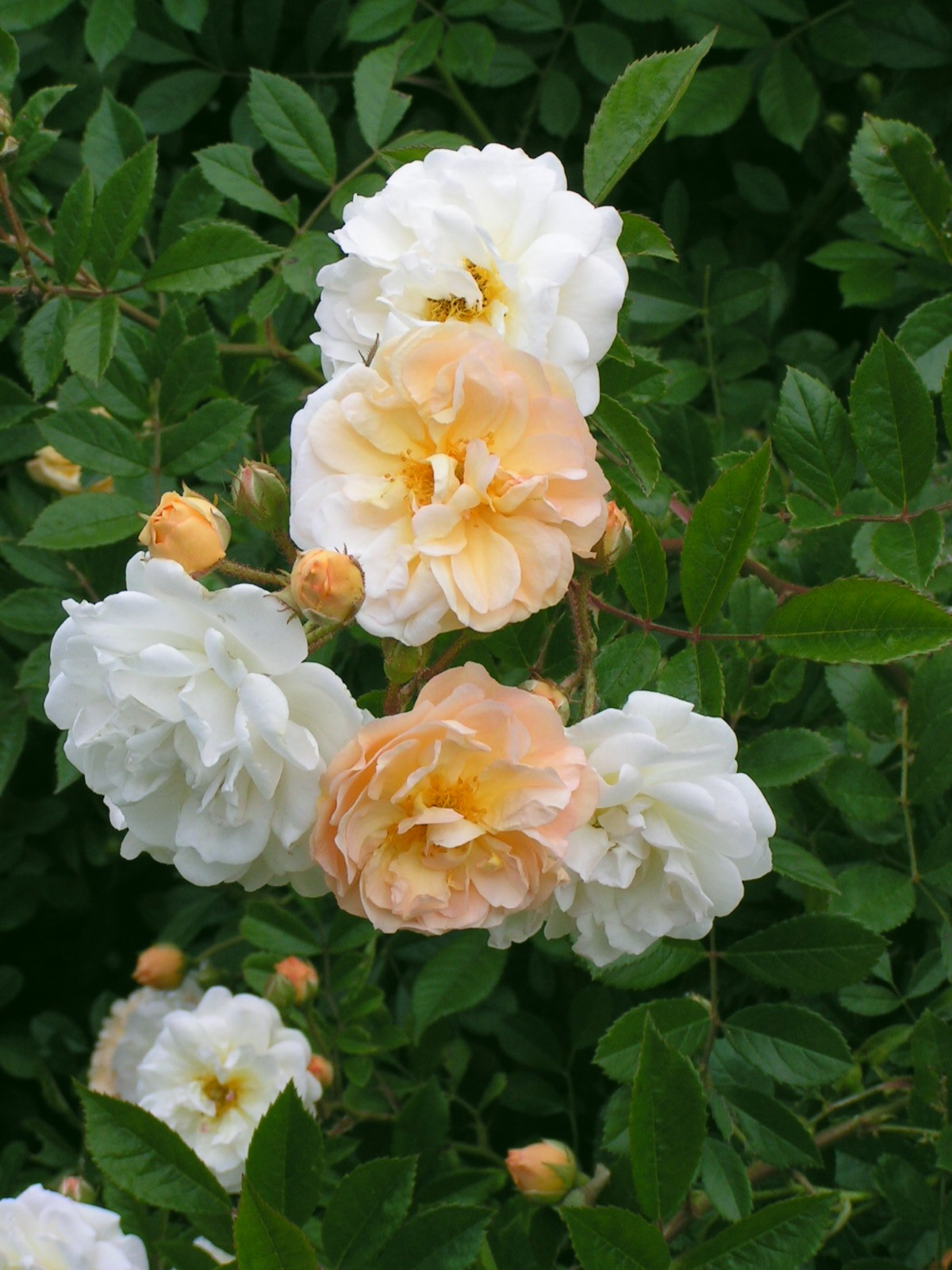
‘Ghislaine de Féligonde’, Eugène Turbat, 1916
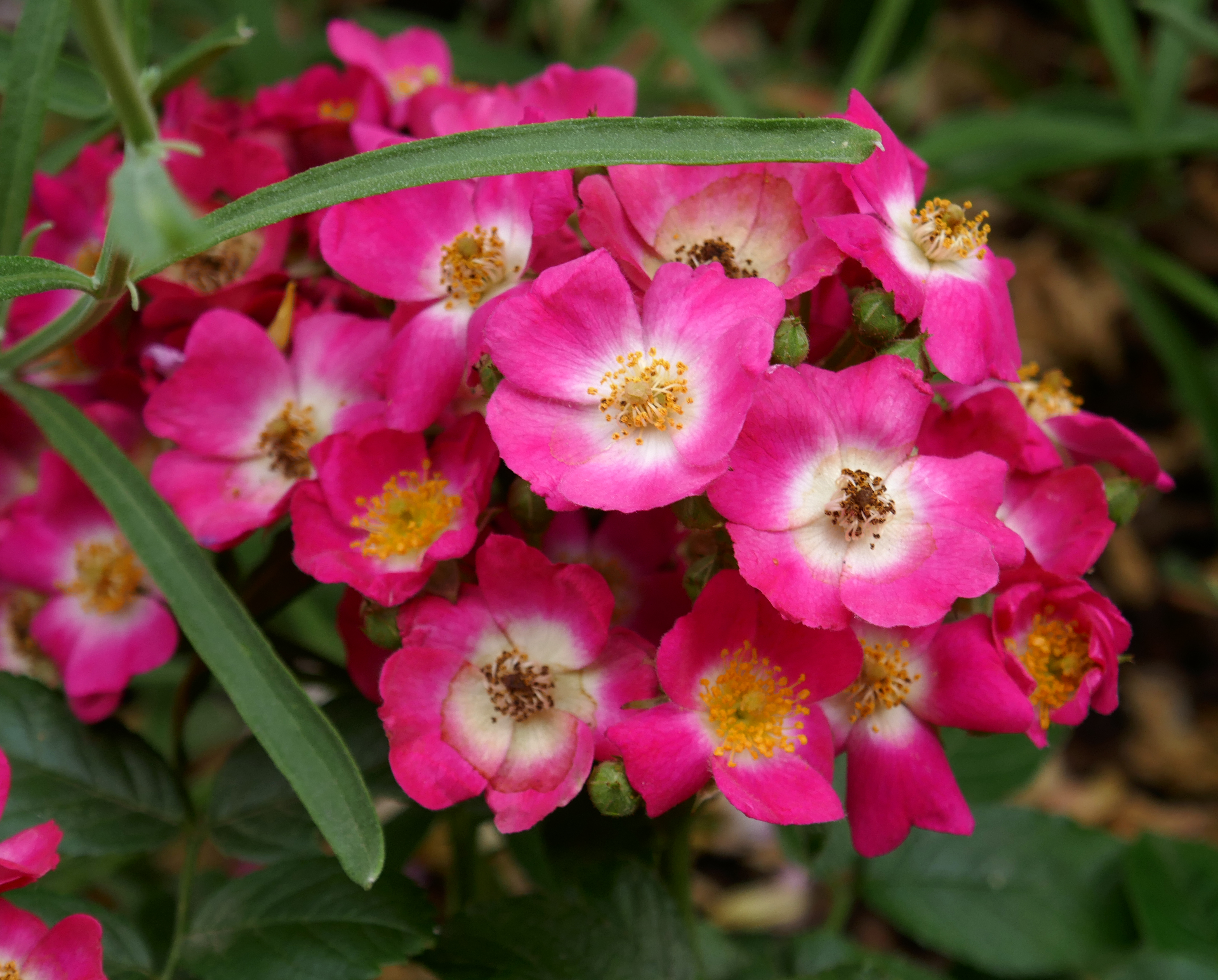
‘Giesebrecht’, De Ruiter, 1955
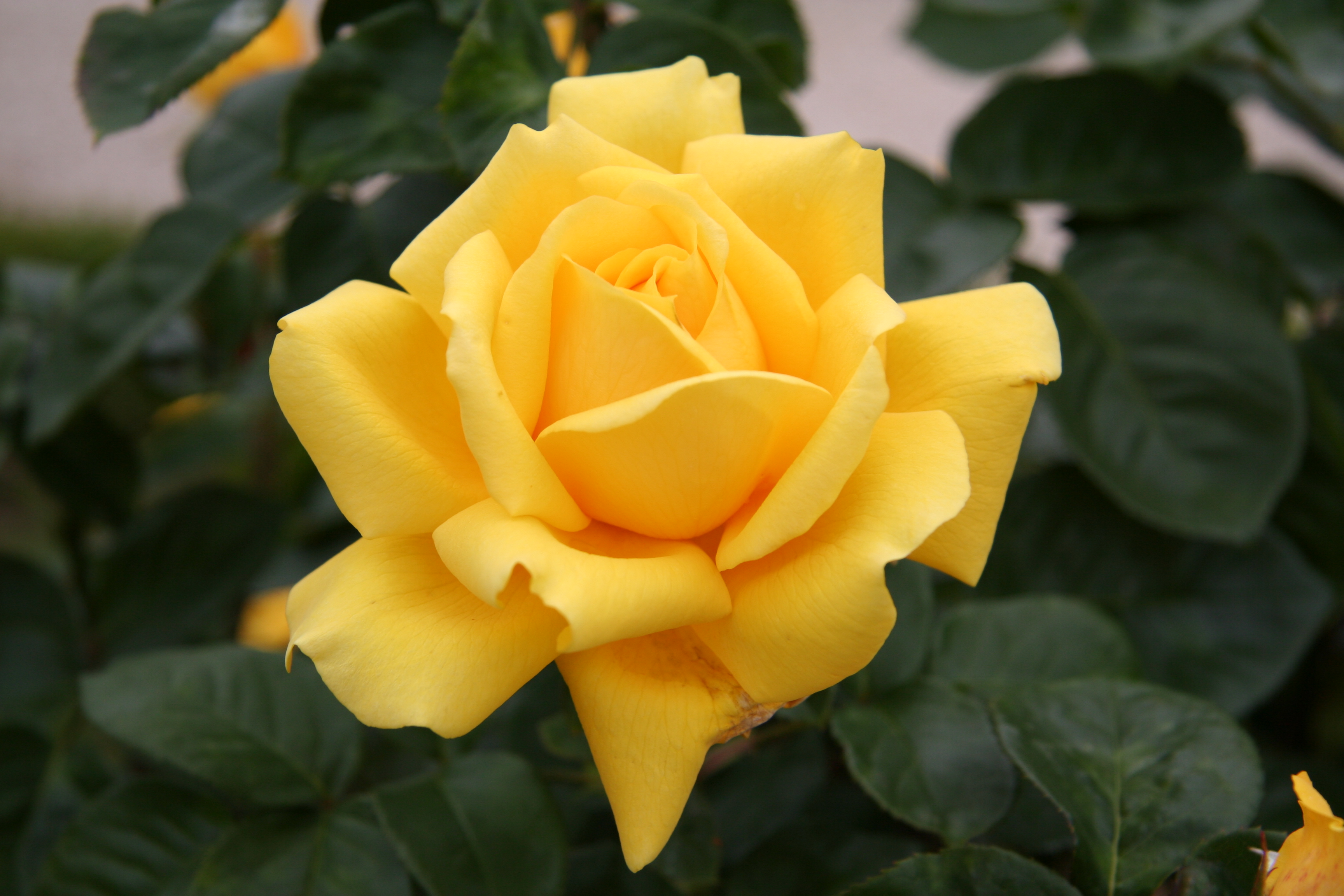
‘Gina Lollobrigida’, Meilland, vor 1986
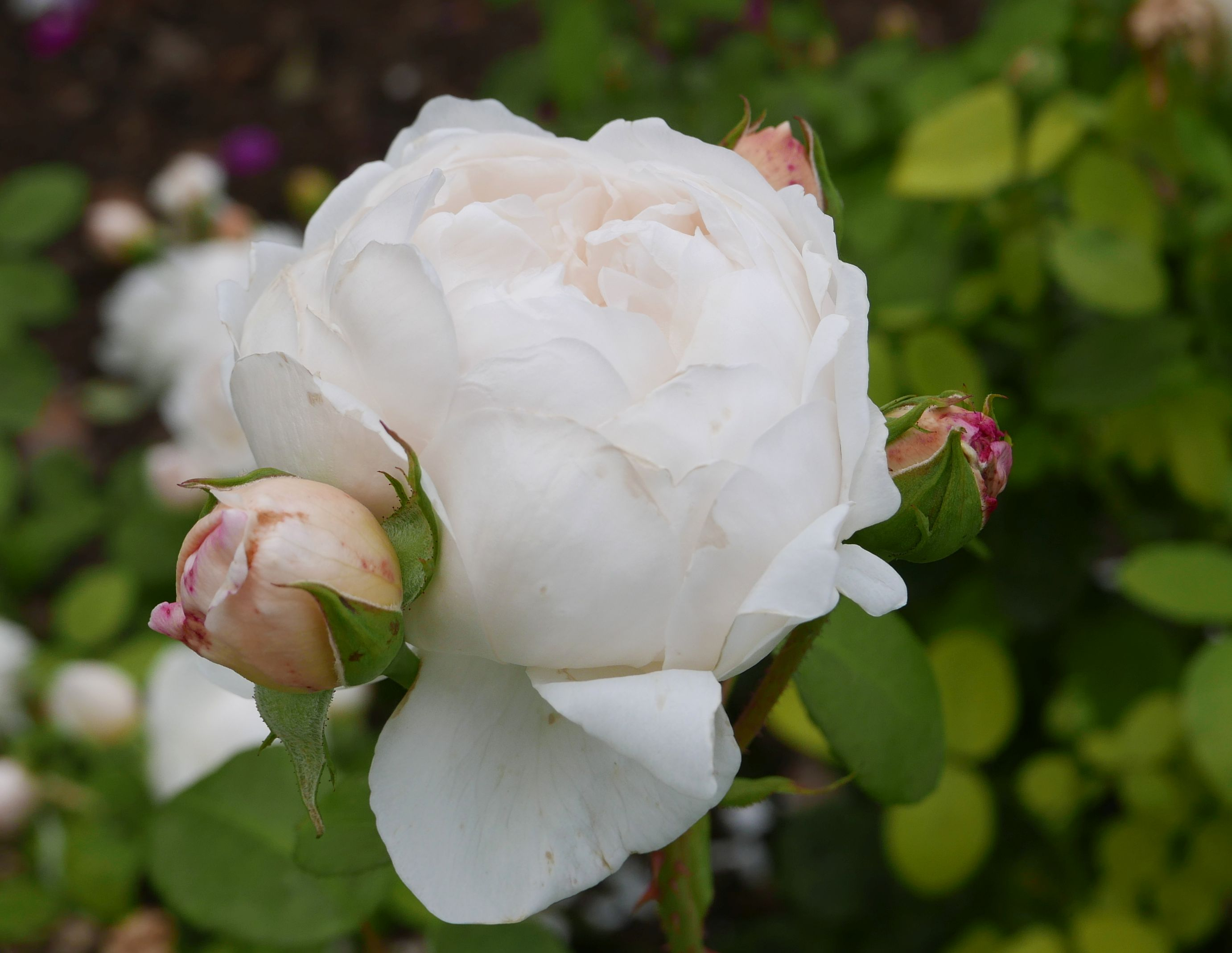
‘Glamis Castle’, David Austin, vor 1992
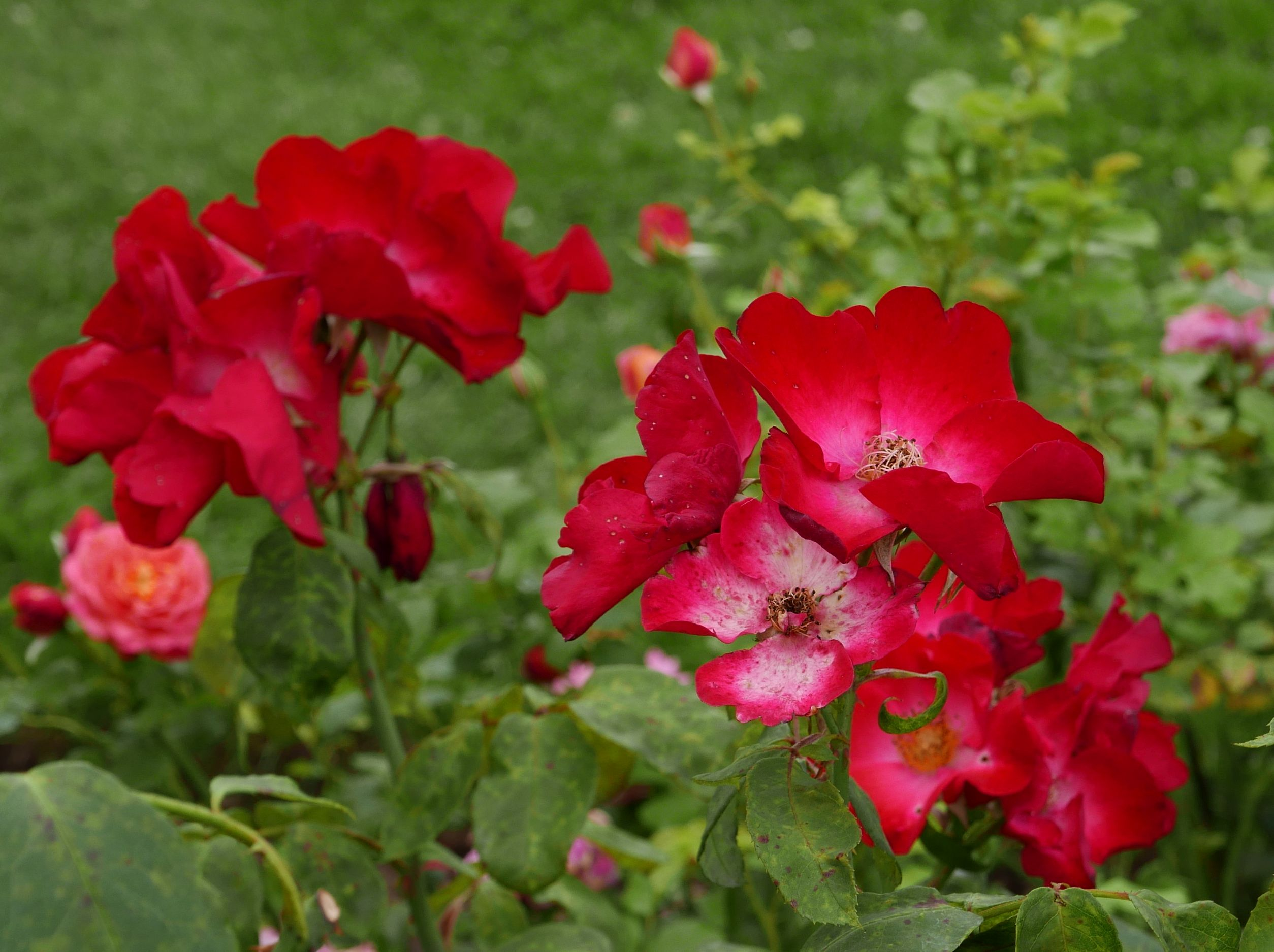
‘Glastonbury’, Austin, 1974
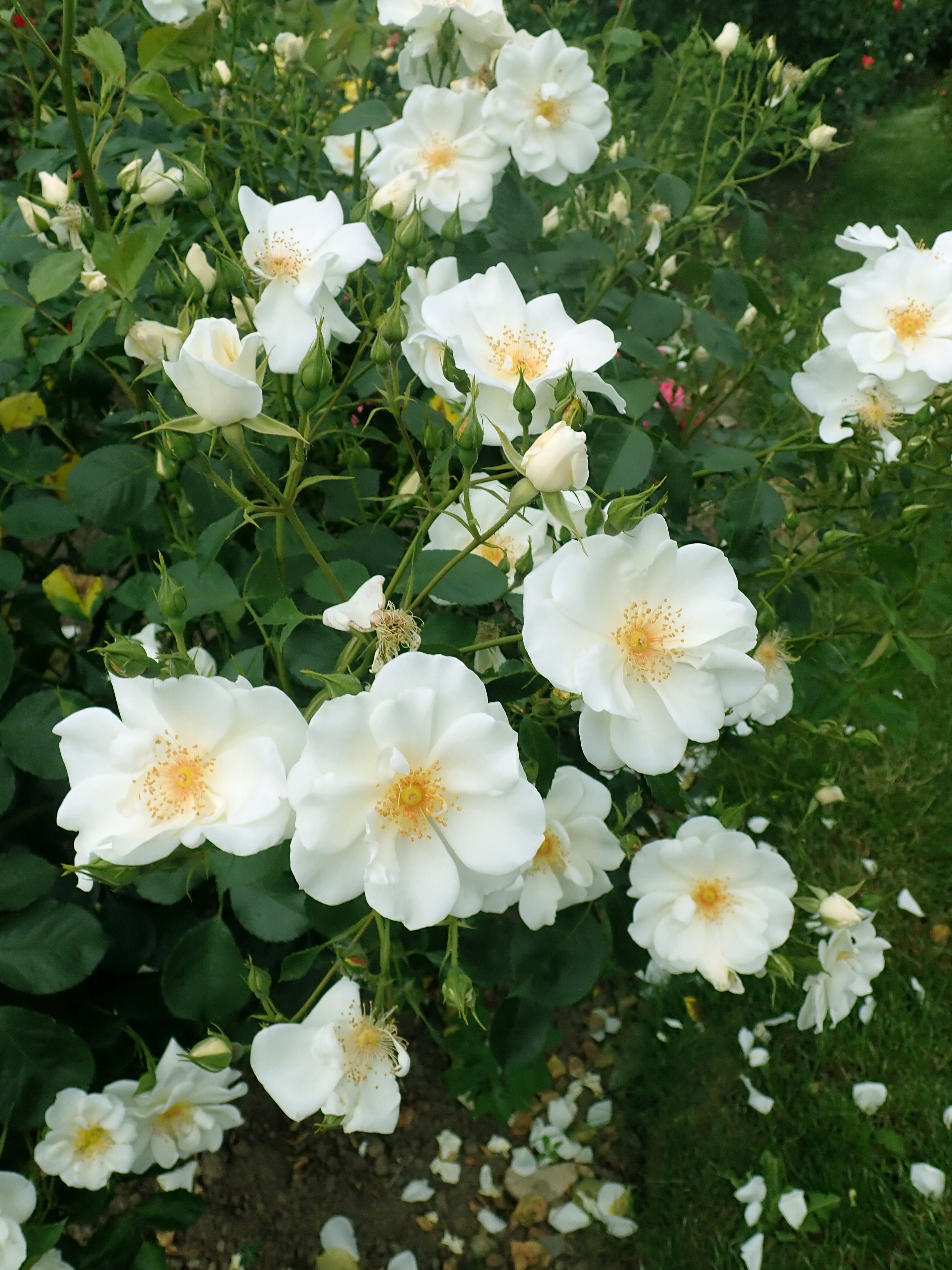
‘Gletscherfee’, Kordes, 1991
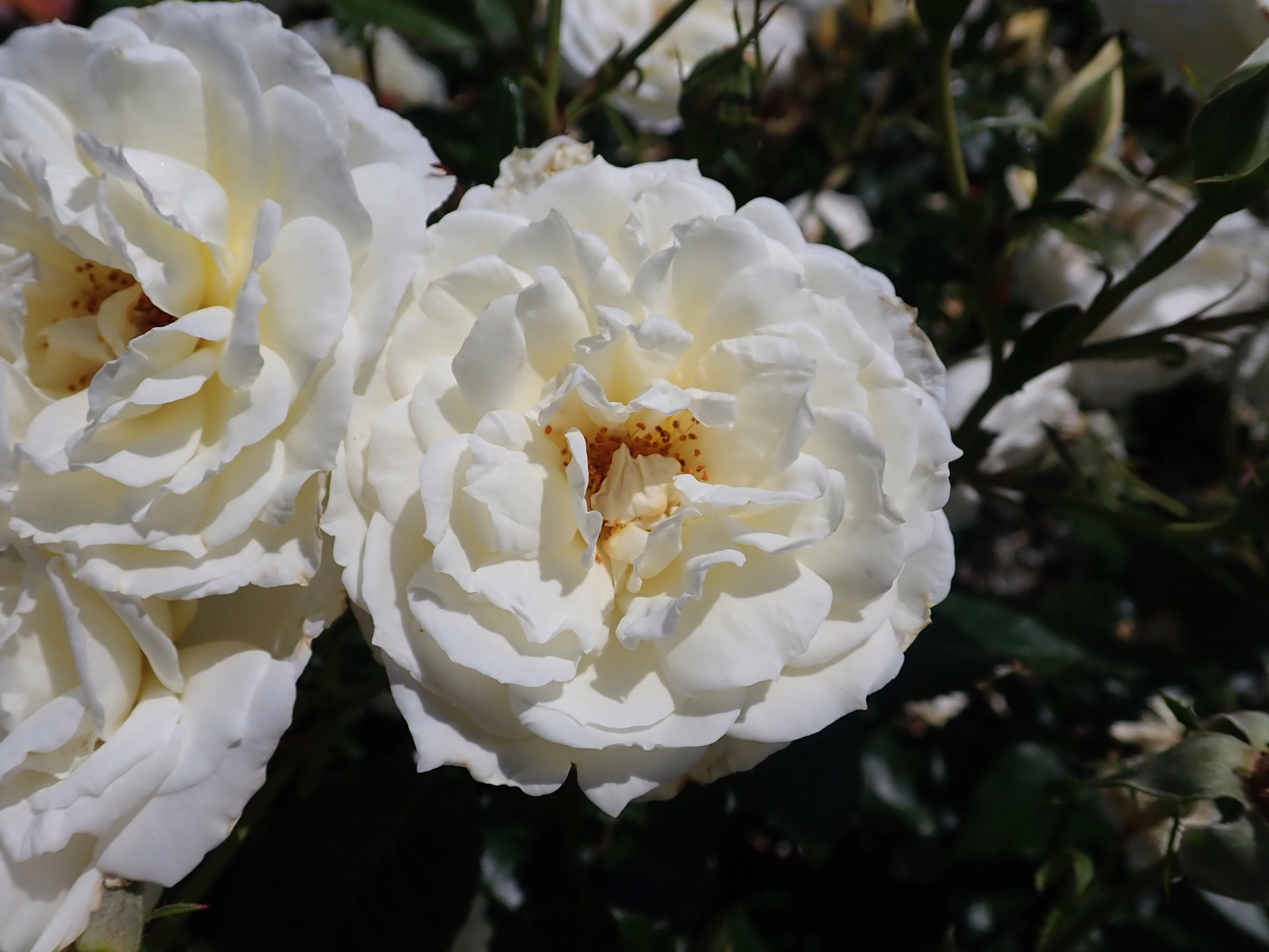
‘Gletscherfee 2009’, Kordes, 2009
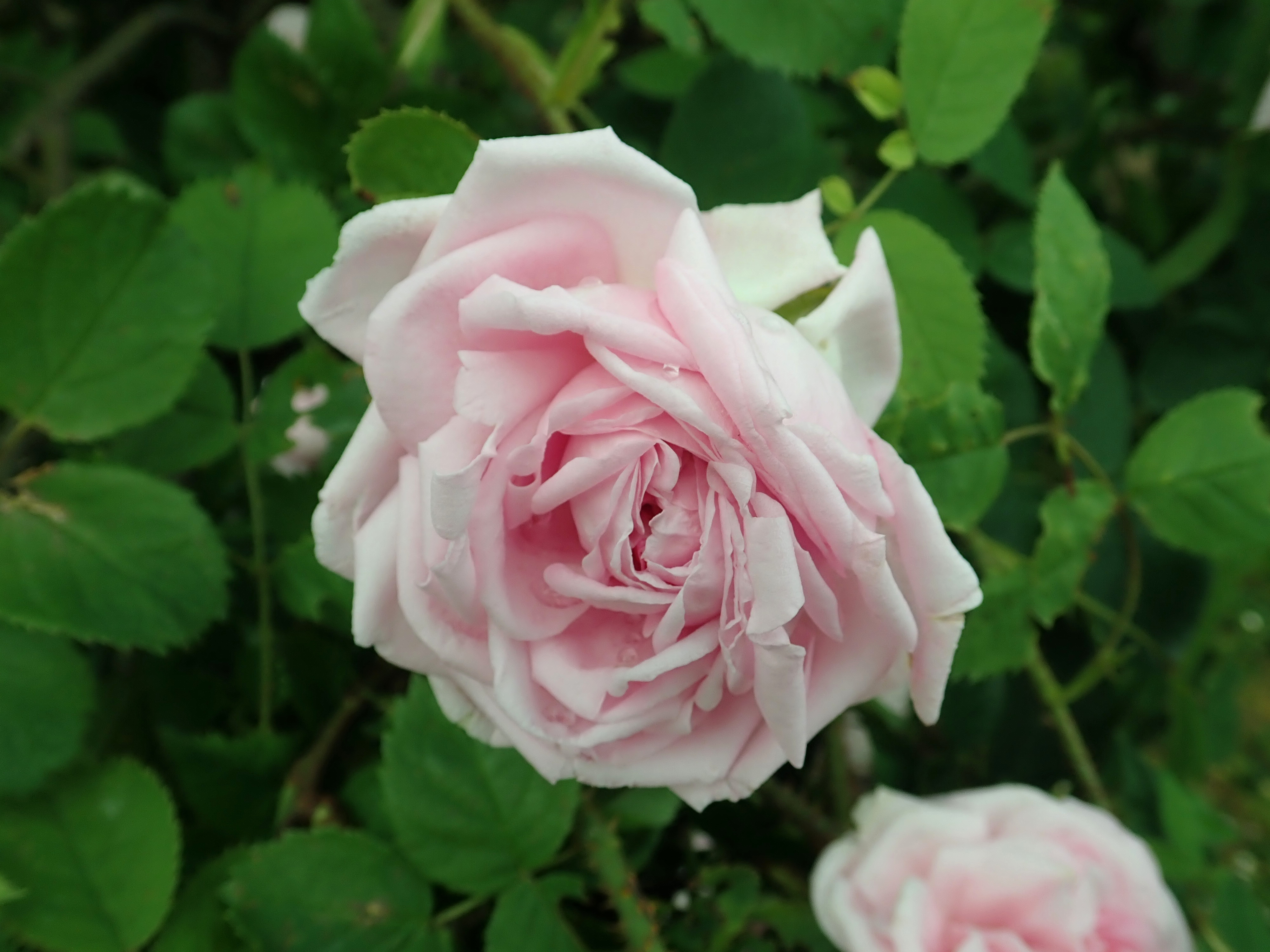
‘Gloire des Mousseuses’, Robert, 1852
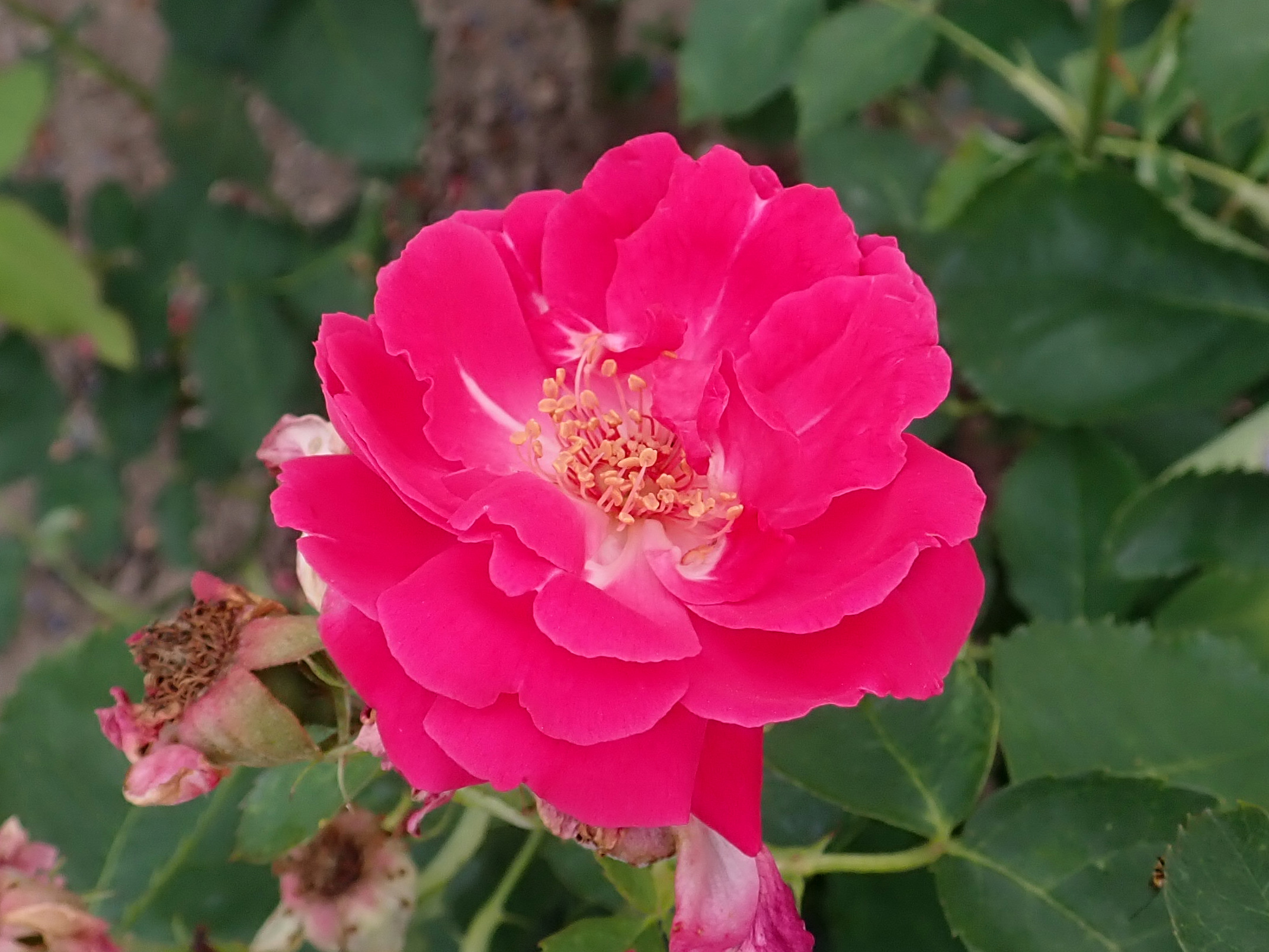
‘Gloire des Rosomanes’, Jacques Plantier, 1825
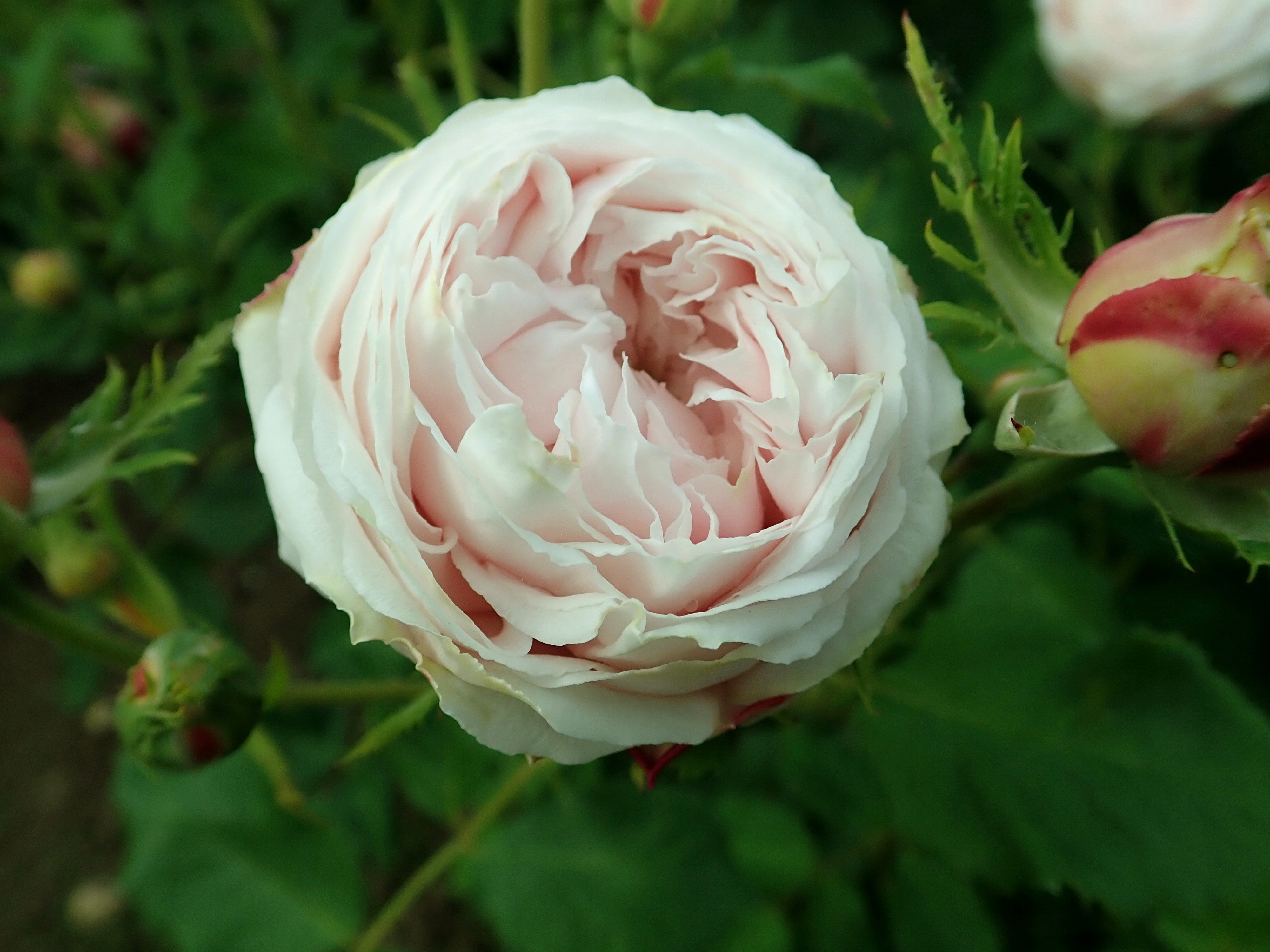
‘Gloire d’Olivet’, Alcide Vigneron, 1886
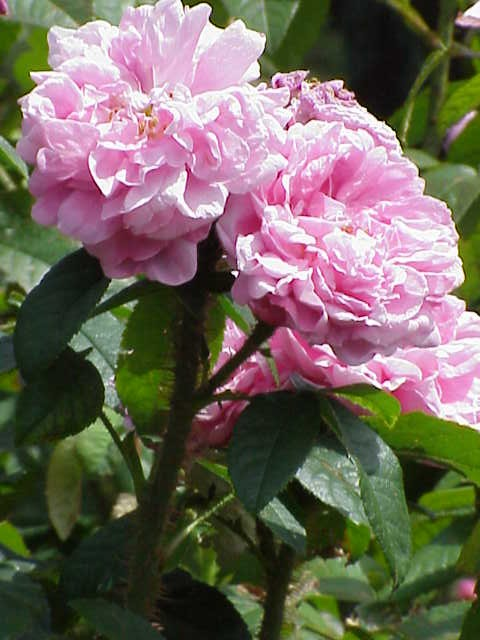
‘Gloire d’Orient’, Jean Béluze, 1856
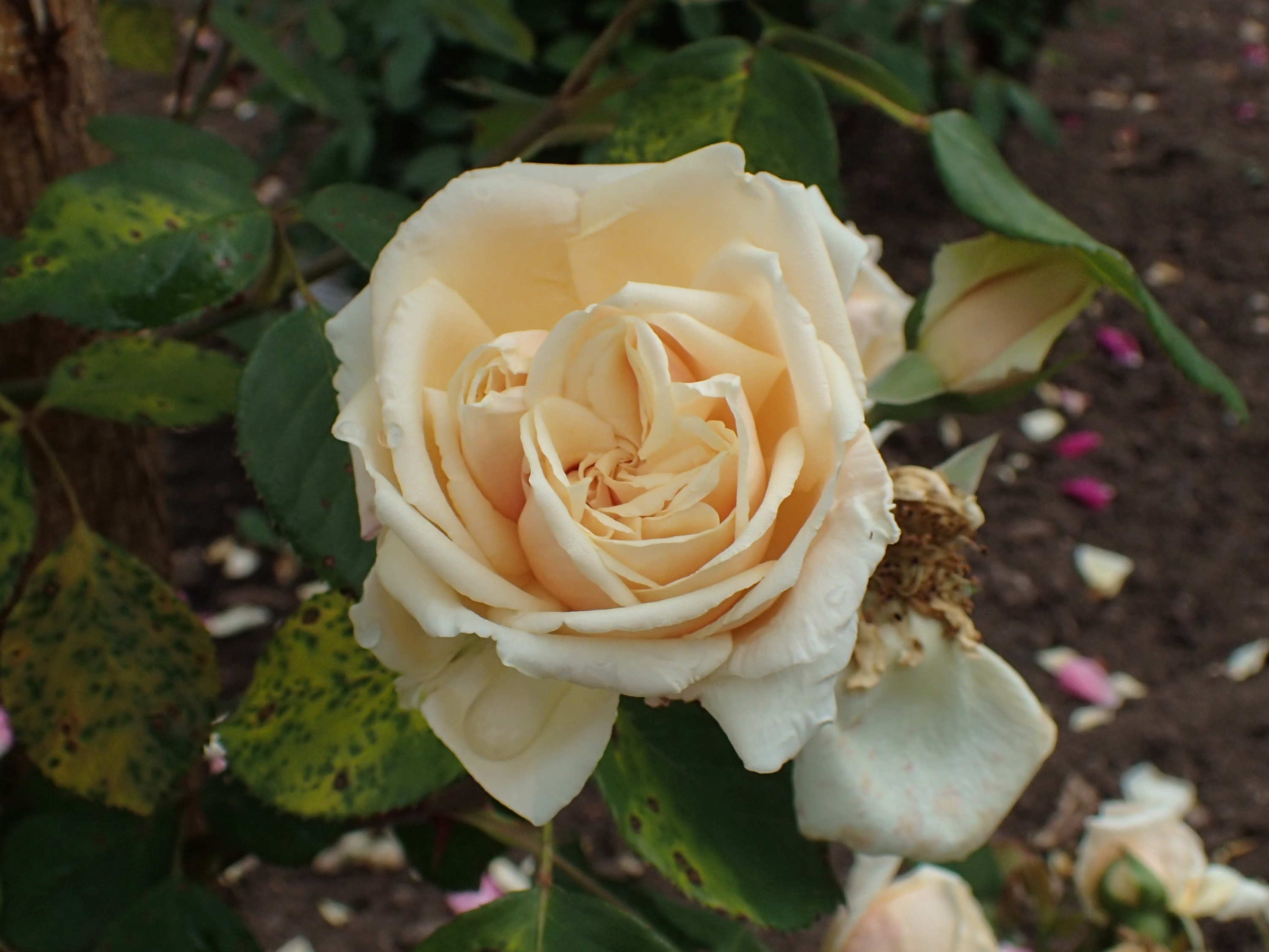
‘Gloire de Dijon’, Jacotot, 1853
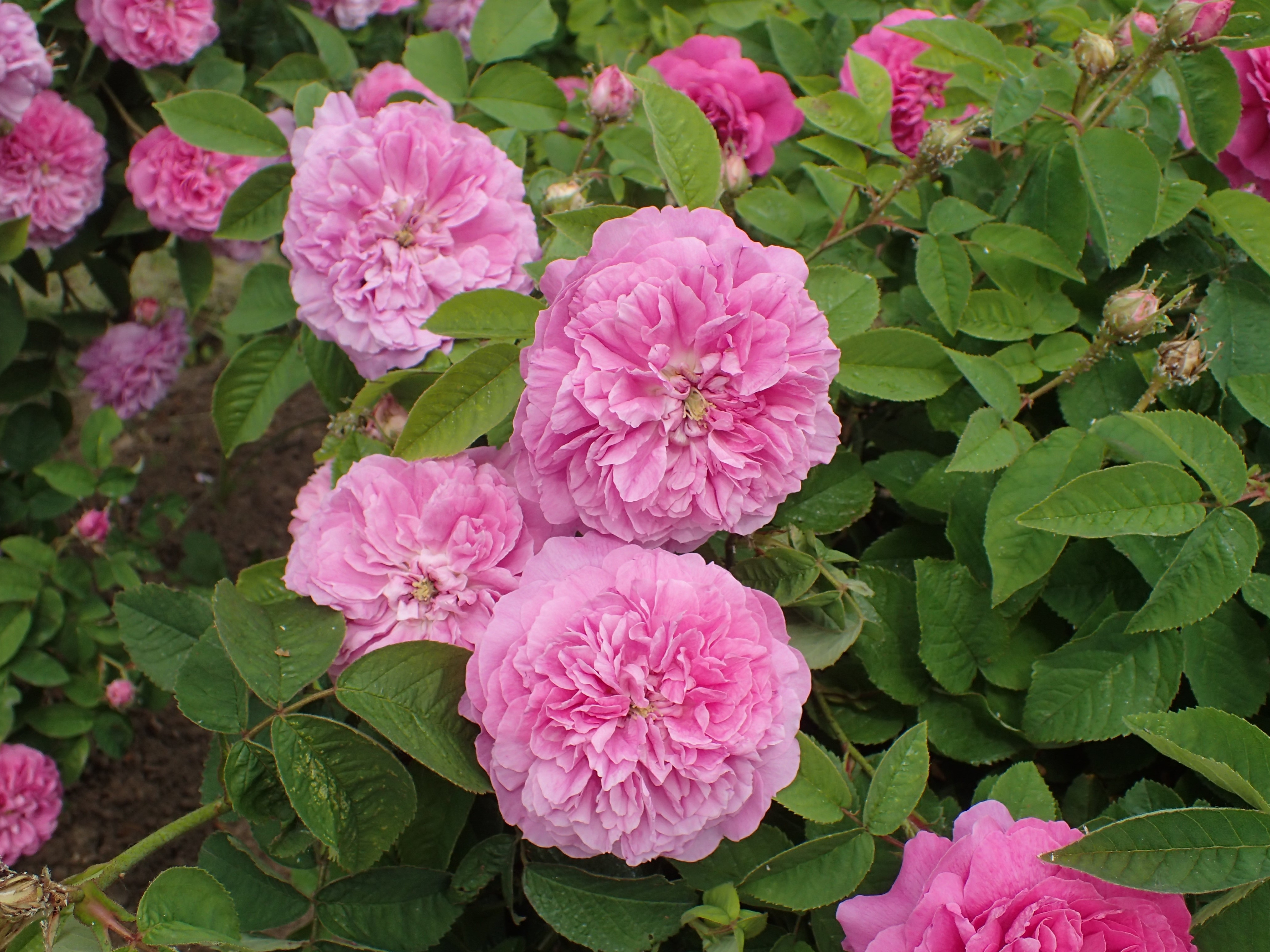
‘Gloire de France’, Bizard, 1829
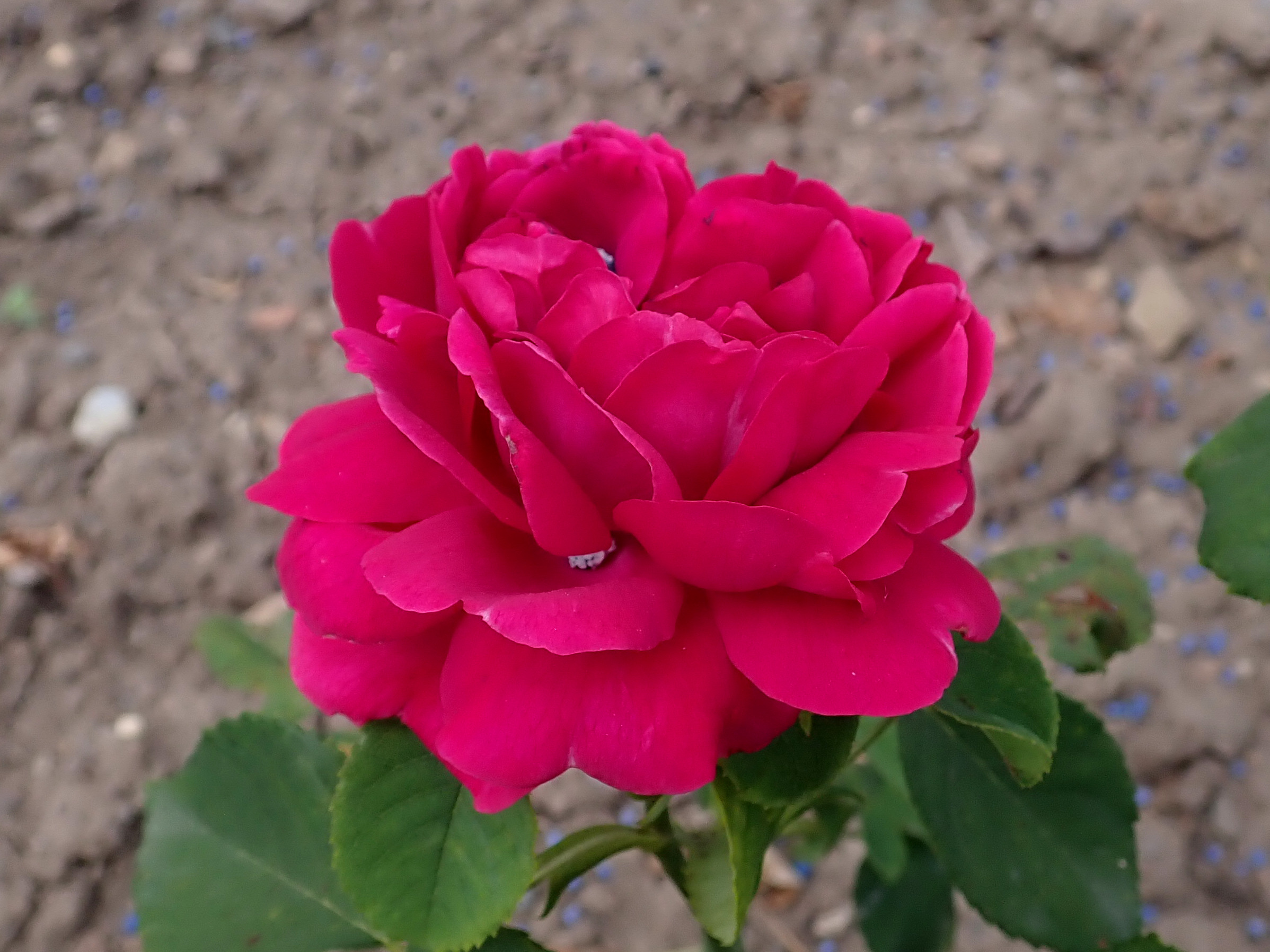
‘Gloire d’un Enfant d’Hiram’, Rose Vilin, 1899
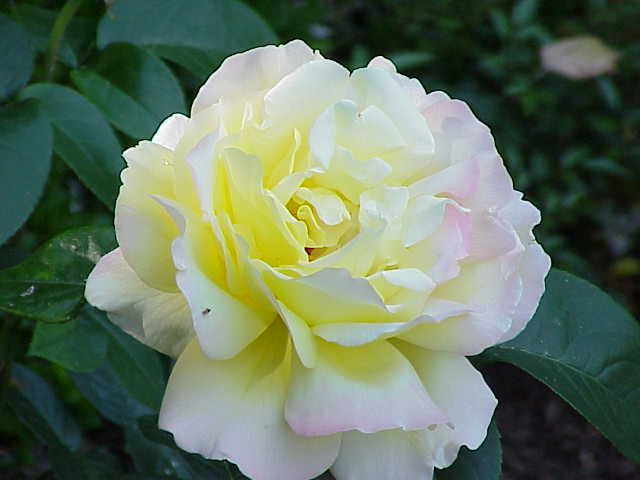
‘Gloria Dei’ (oder ‘Peace’), Francis Meilland, 1945
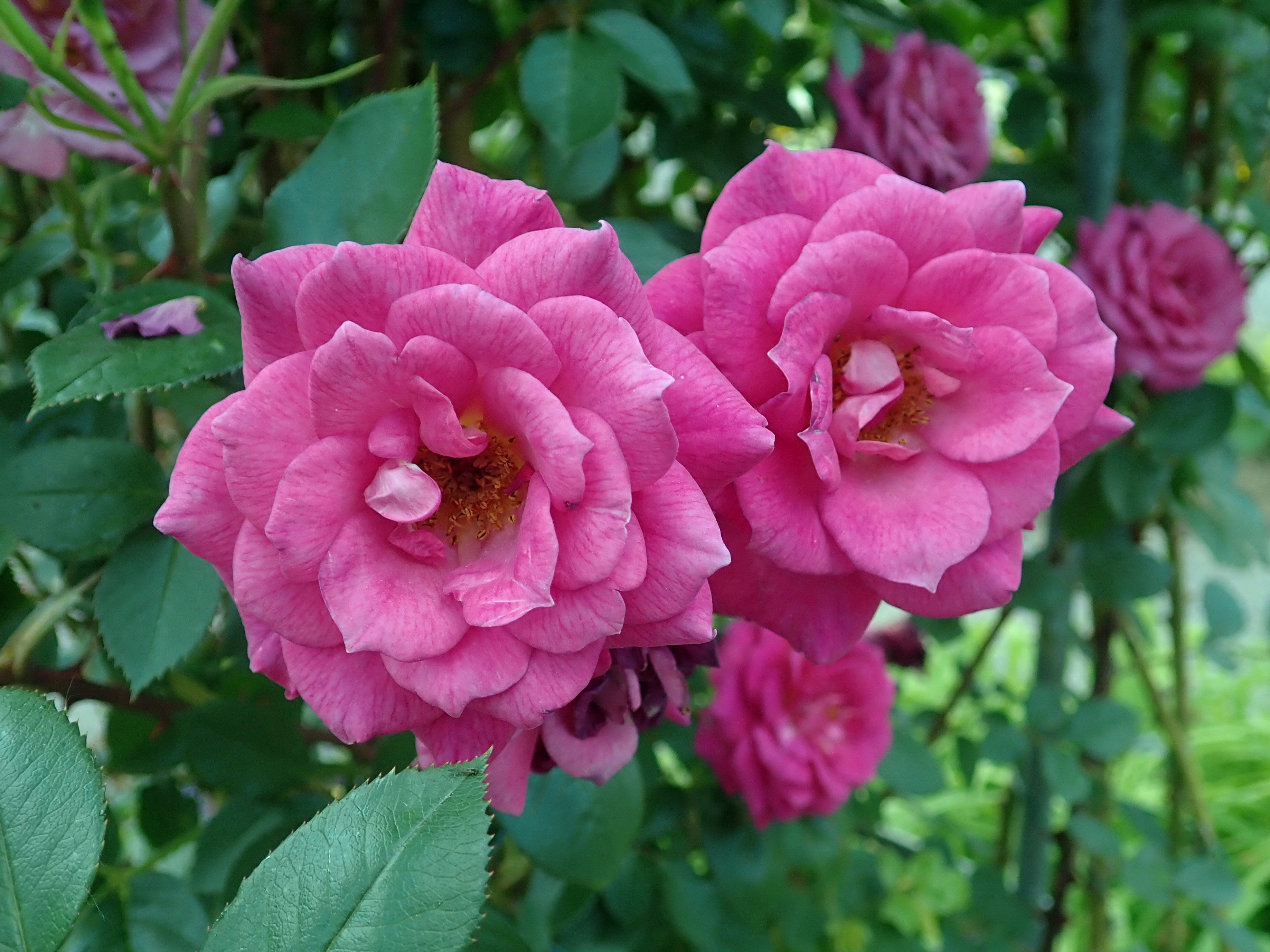
‘Gloriana’, Christopher H. Warner, 1997
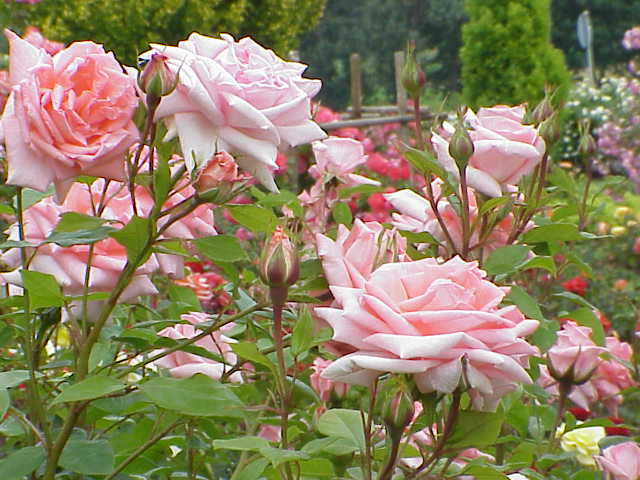
‘Gloriette’, Cocker, 1979
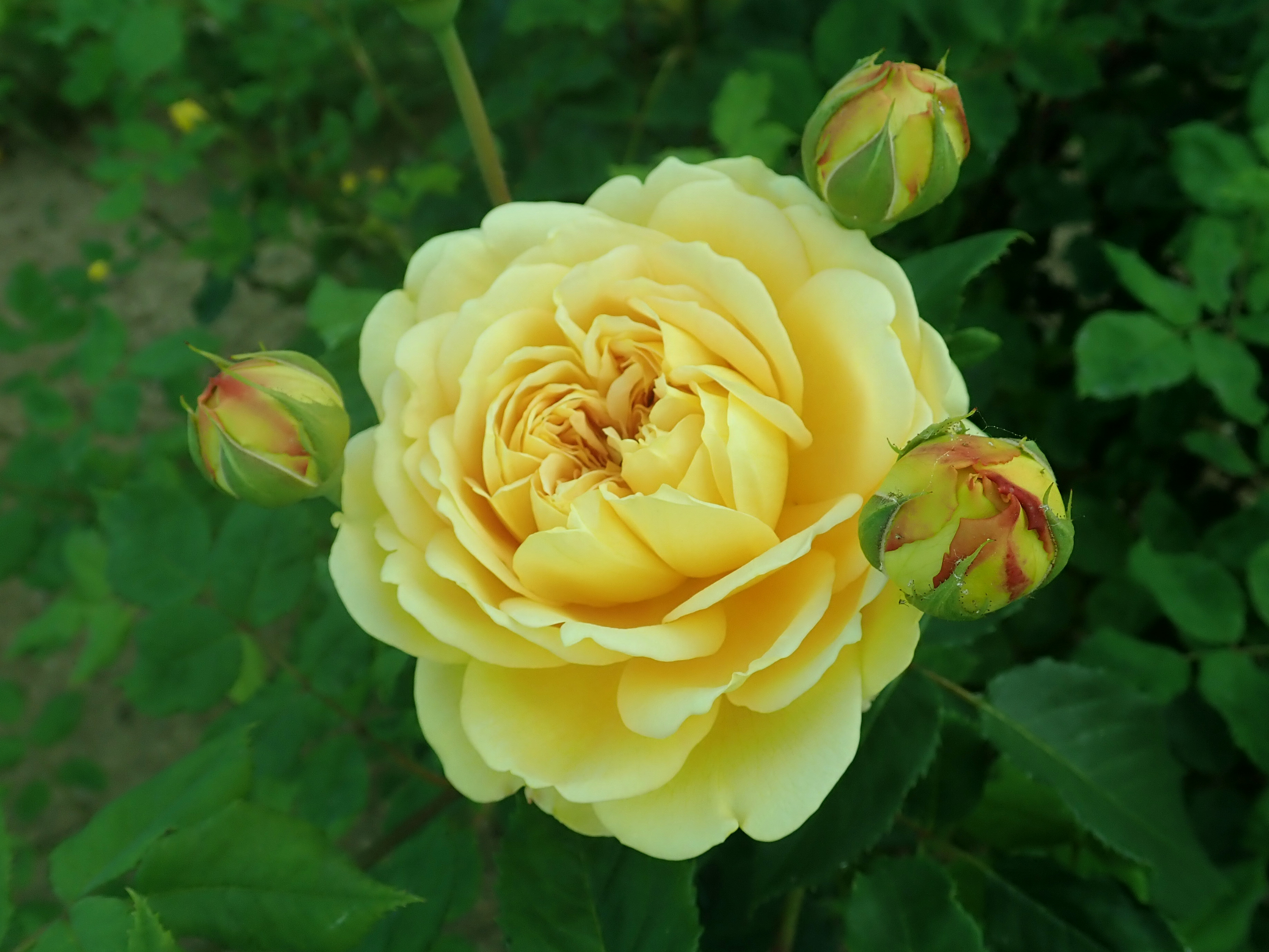
‘Glückskette’, Huber, 2005
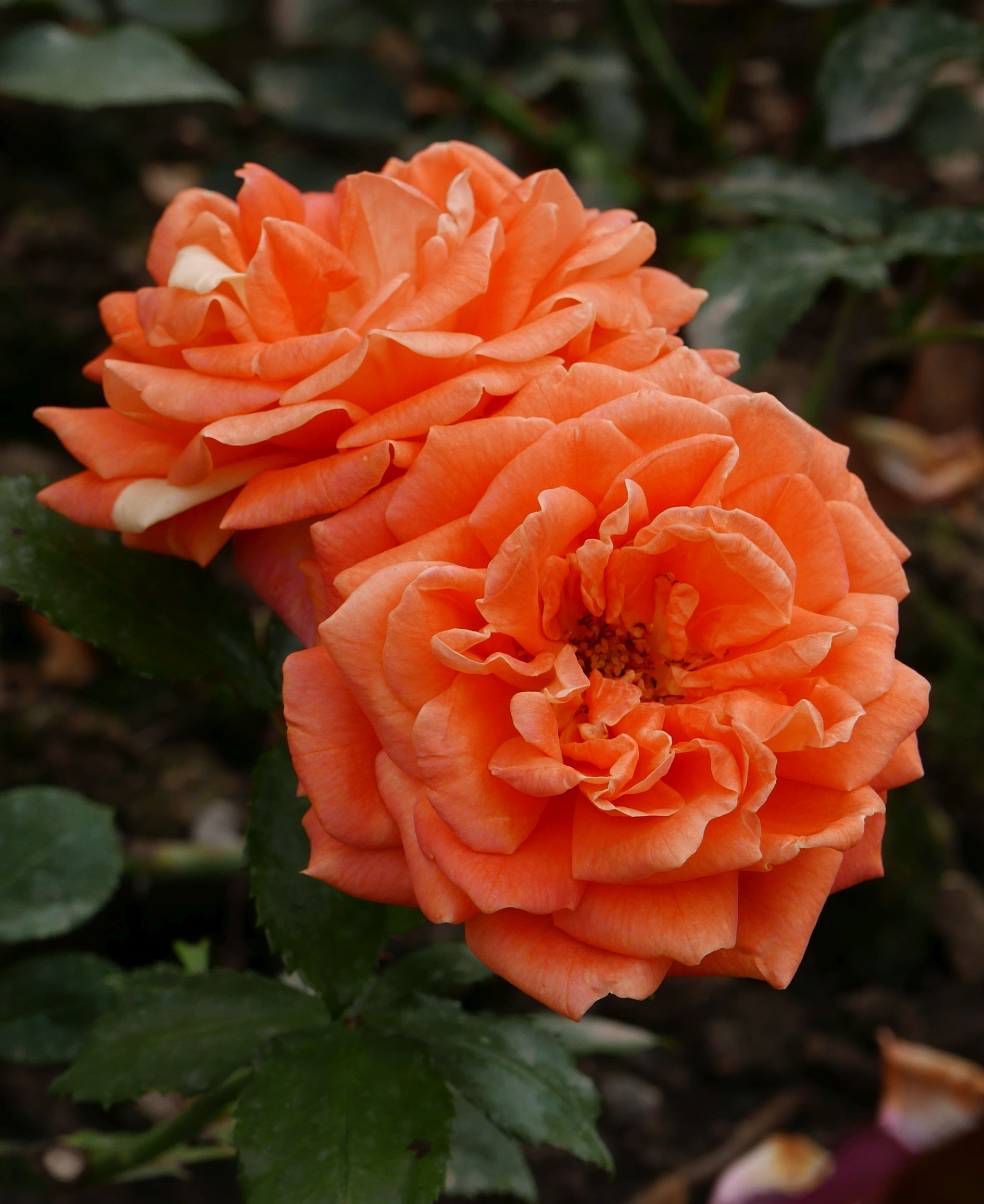
‘Gnom’, Walter Berger, 1957
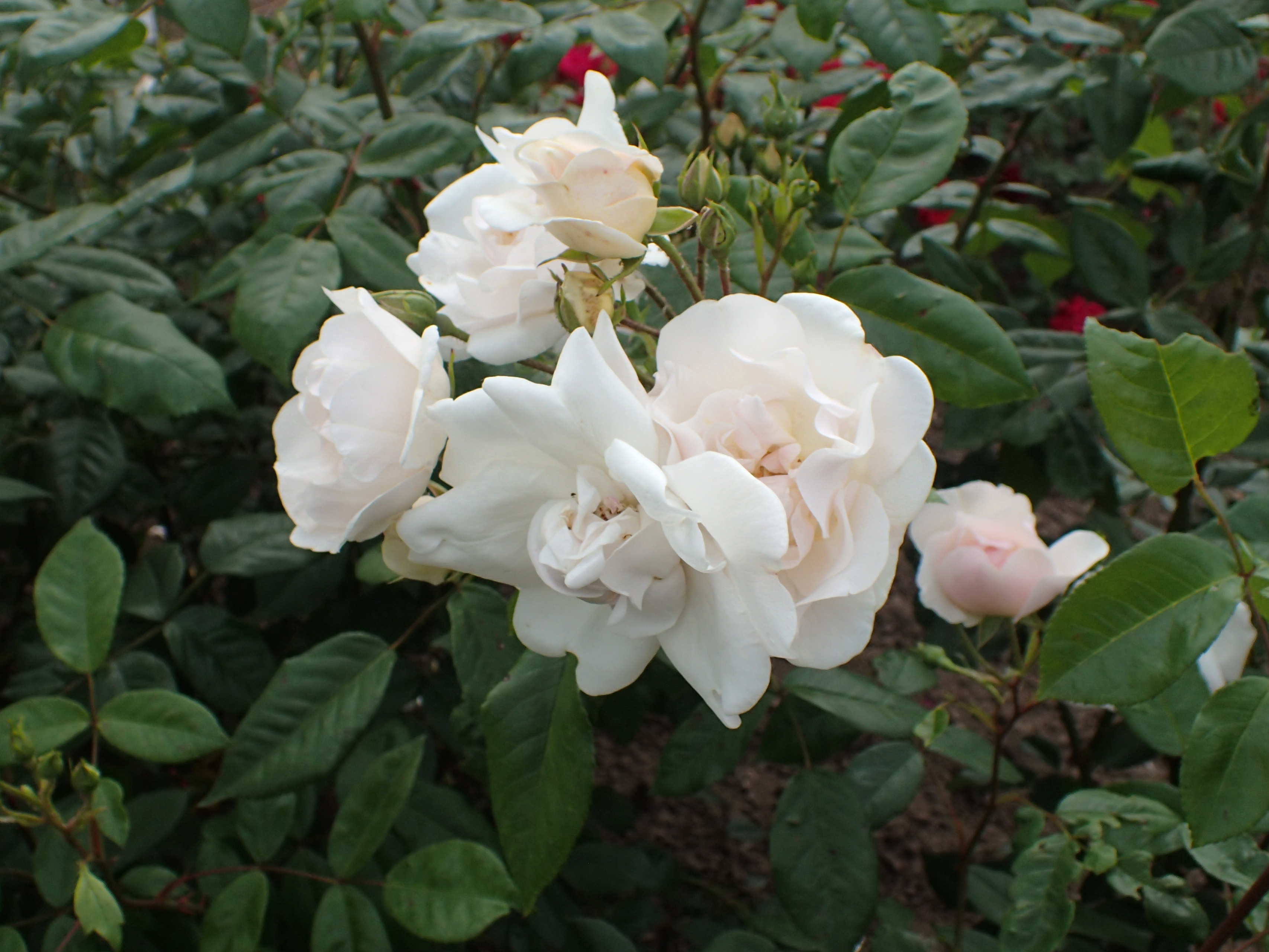
‘Godescalcus Vulf de Sapprothe’, Ewald Scholle, 1984
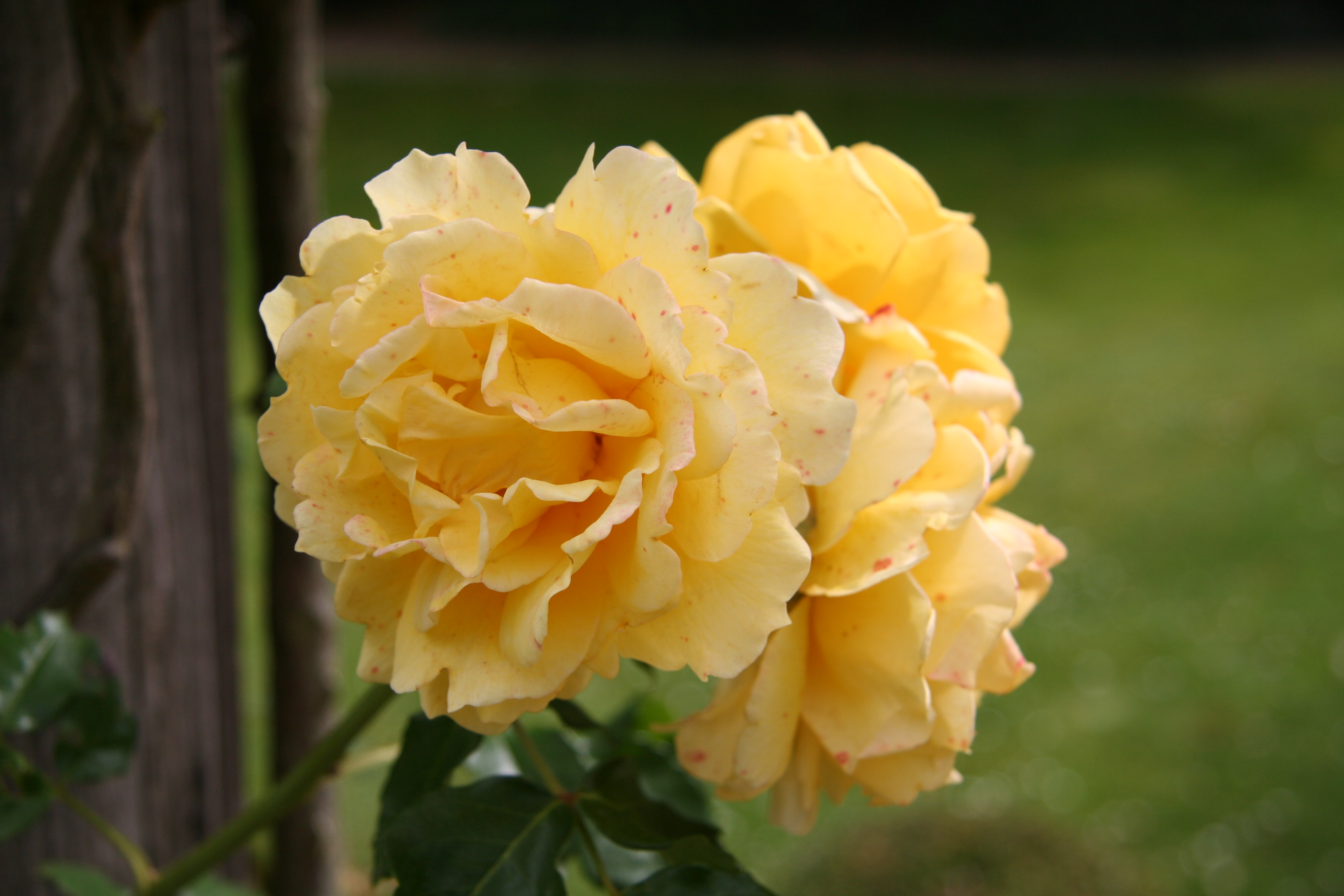
‘Gold Bunny’ (oder ‘Gold Badge’), Meilland, vor 1977
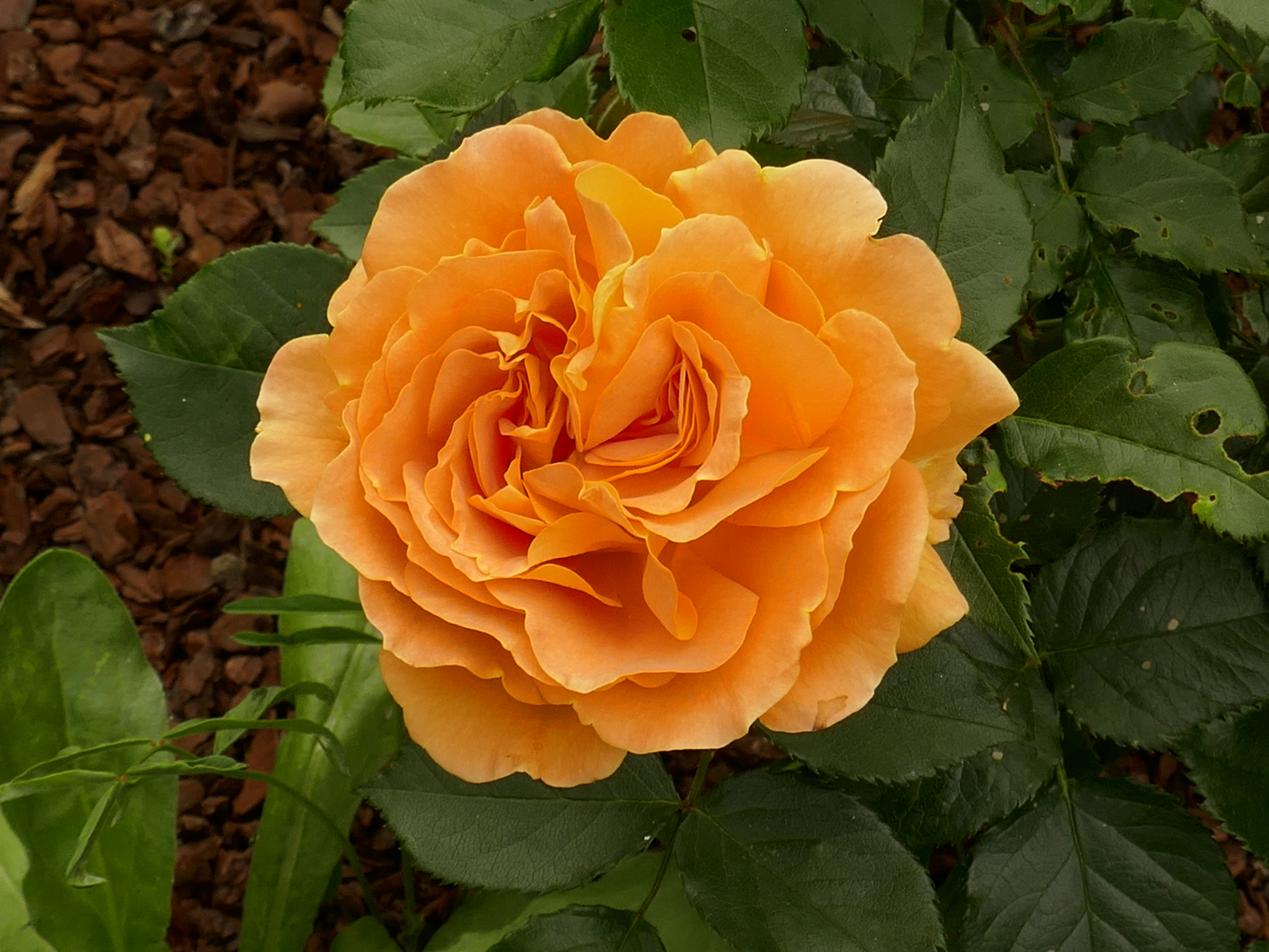
‘Goldelse’, Tantau, 1999
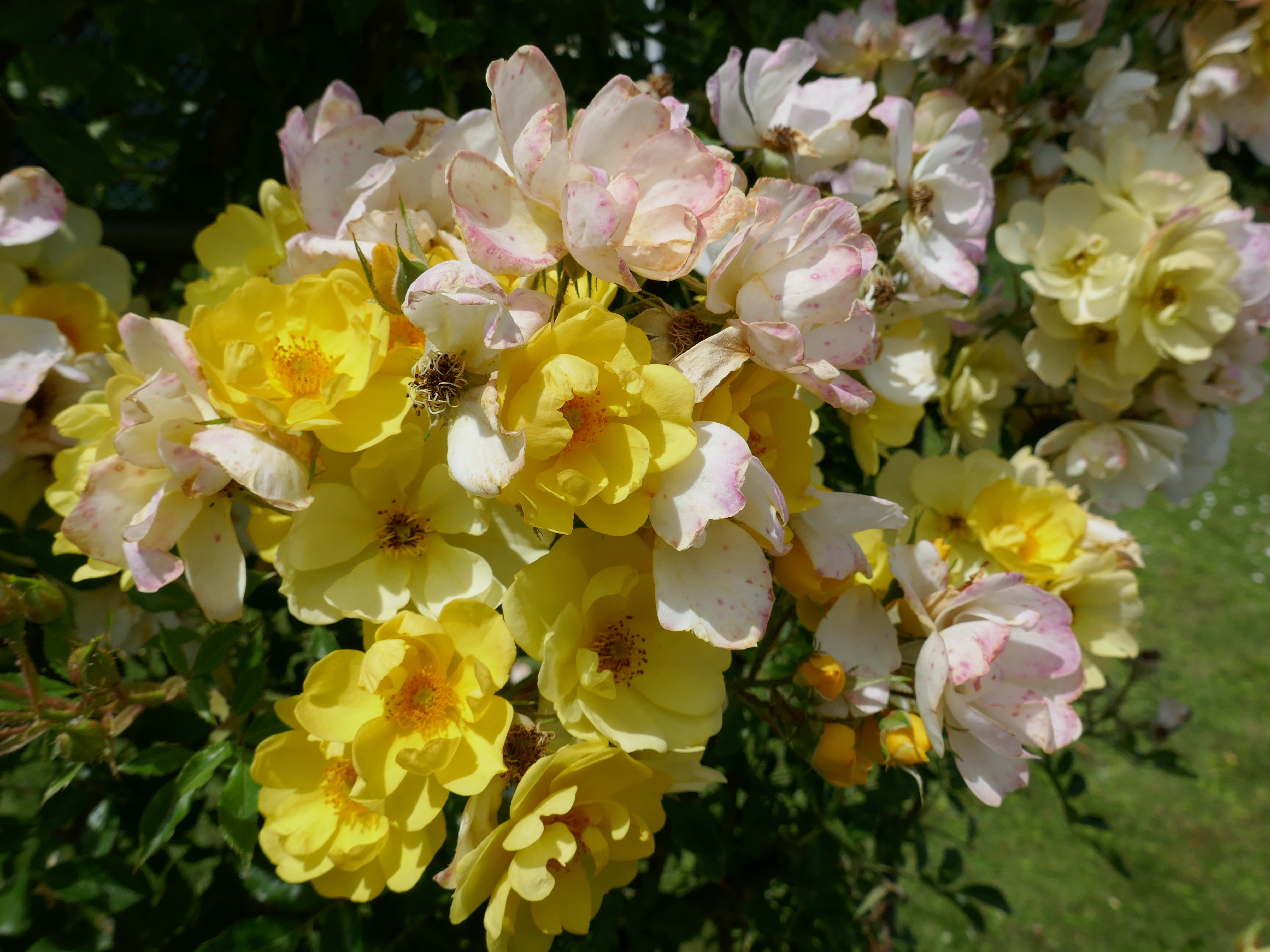
‘Golden Age’, Adam, 2011
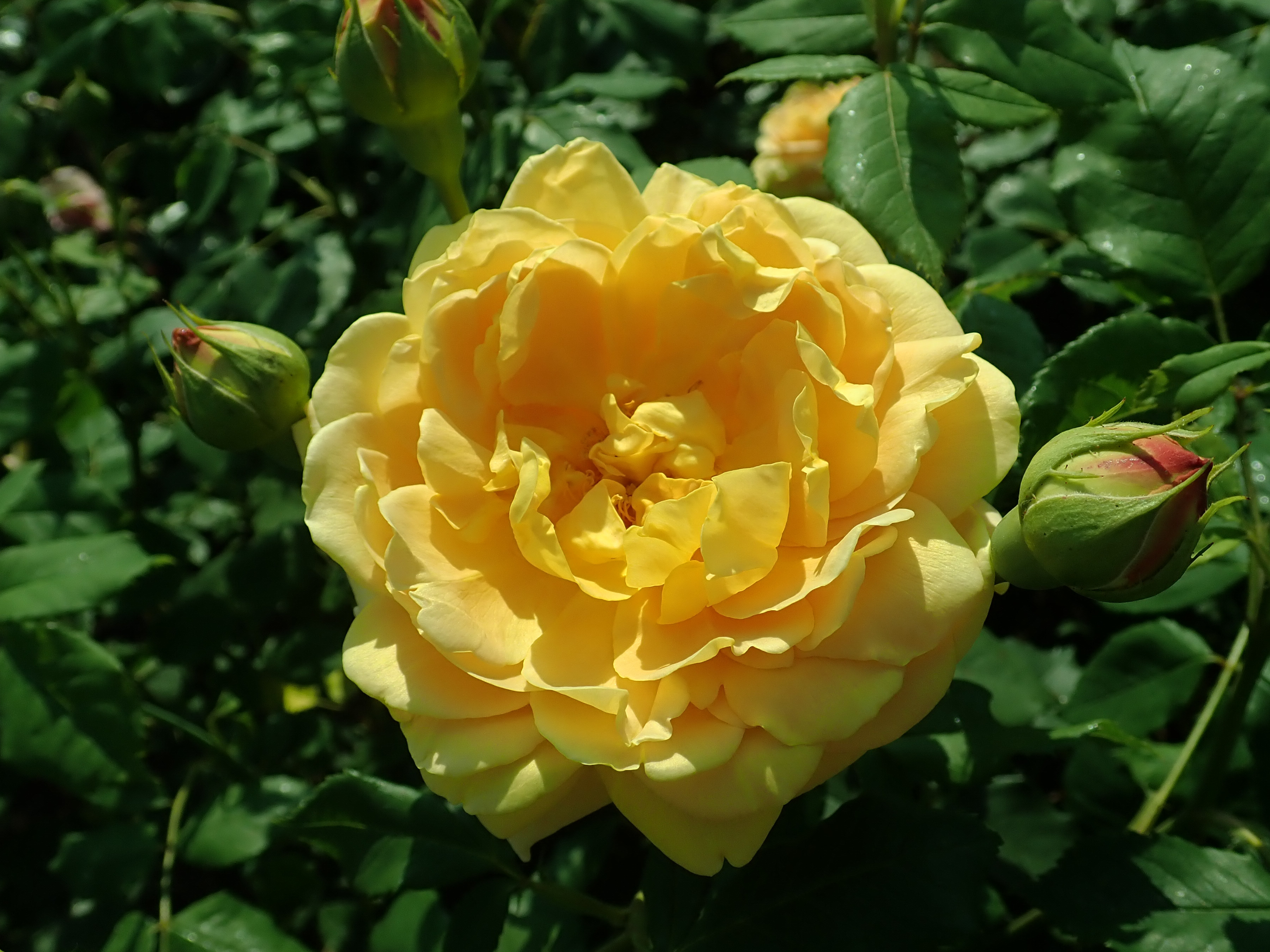
‘Golden Celebration’, Austin, 1992
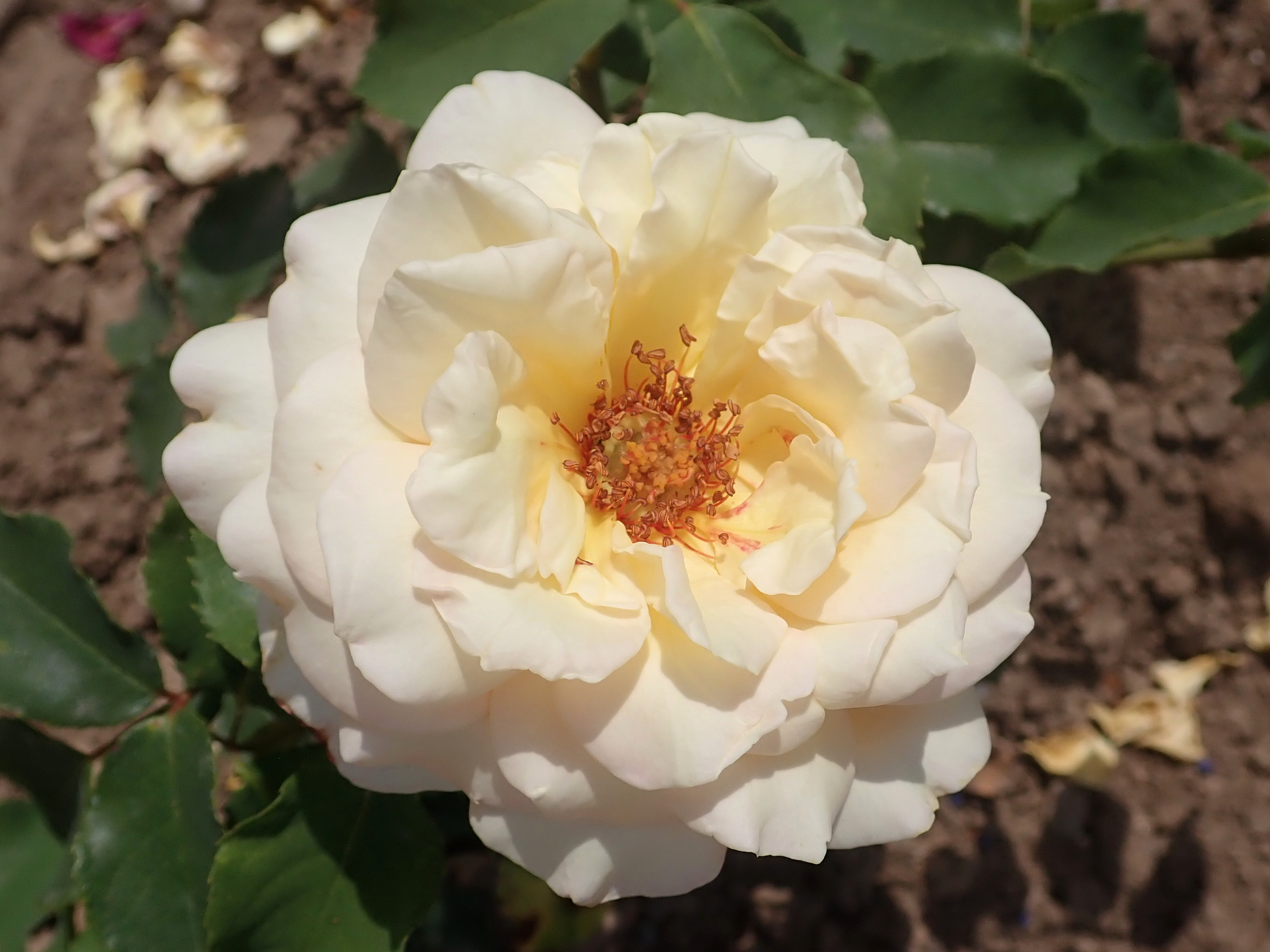
‘Golden Dawn’, Patrick Grant, 1928
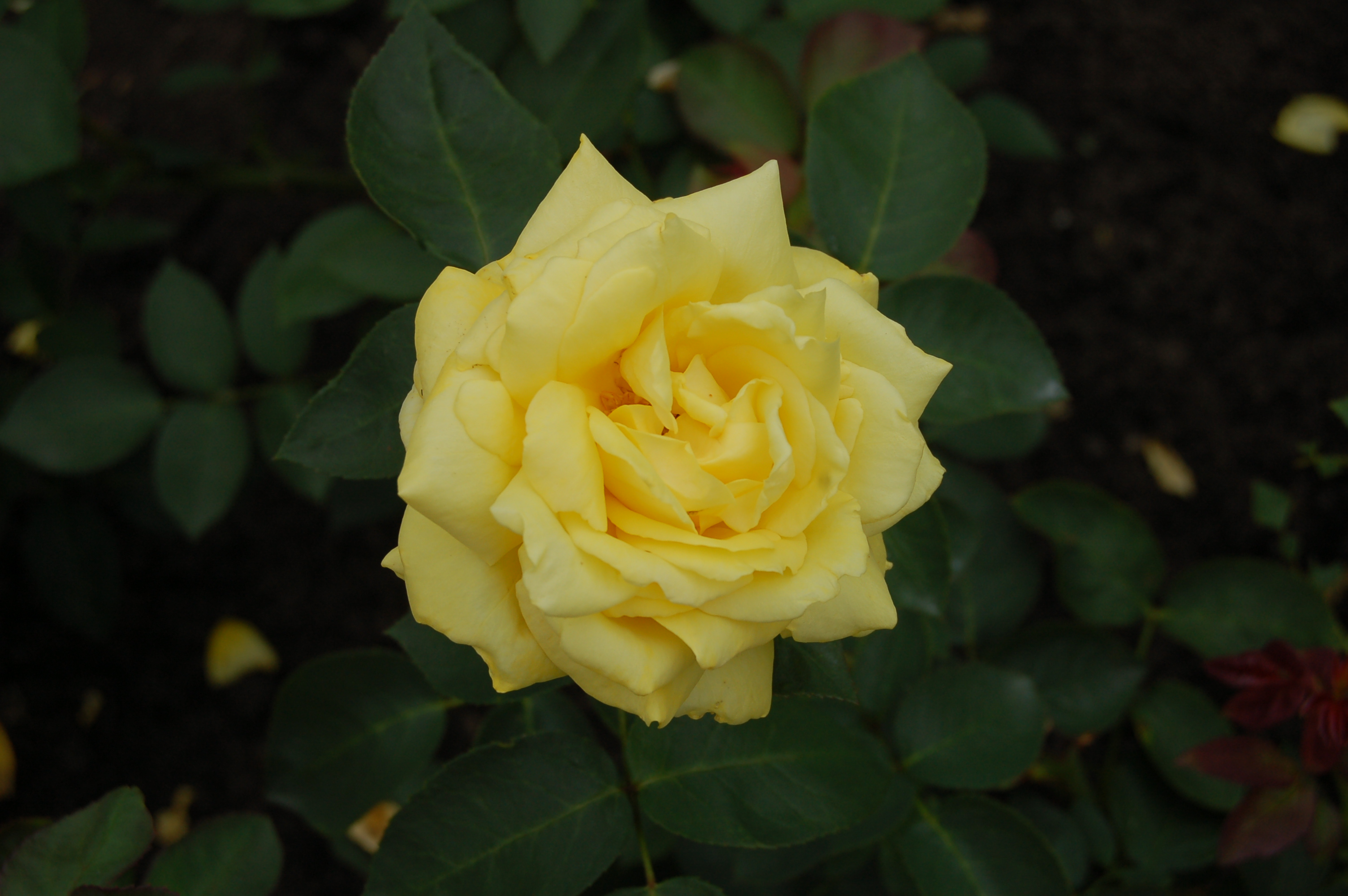
‘Goldener Sommer’, Noack, 1983
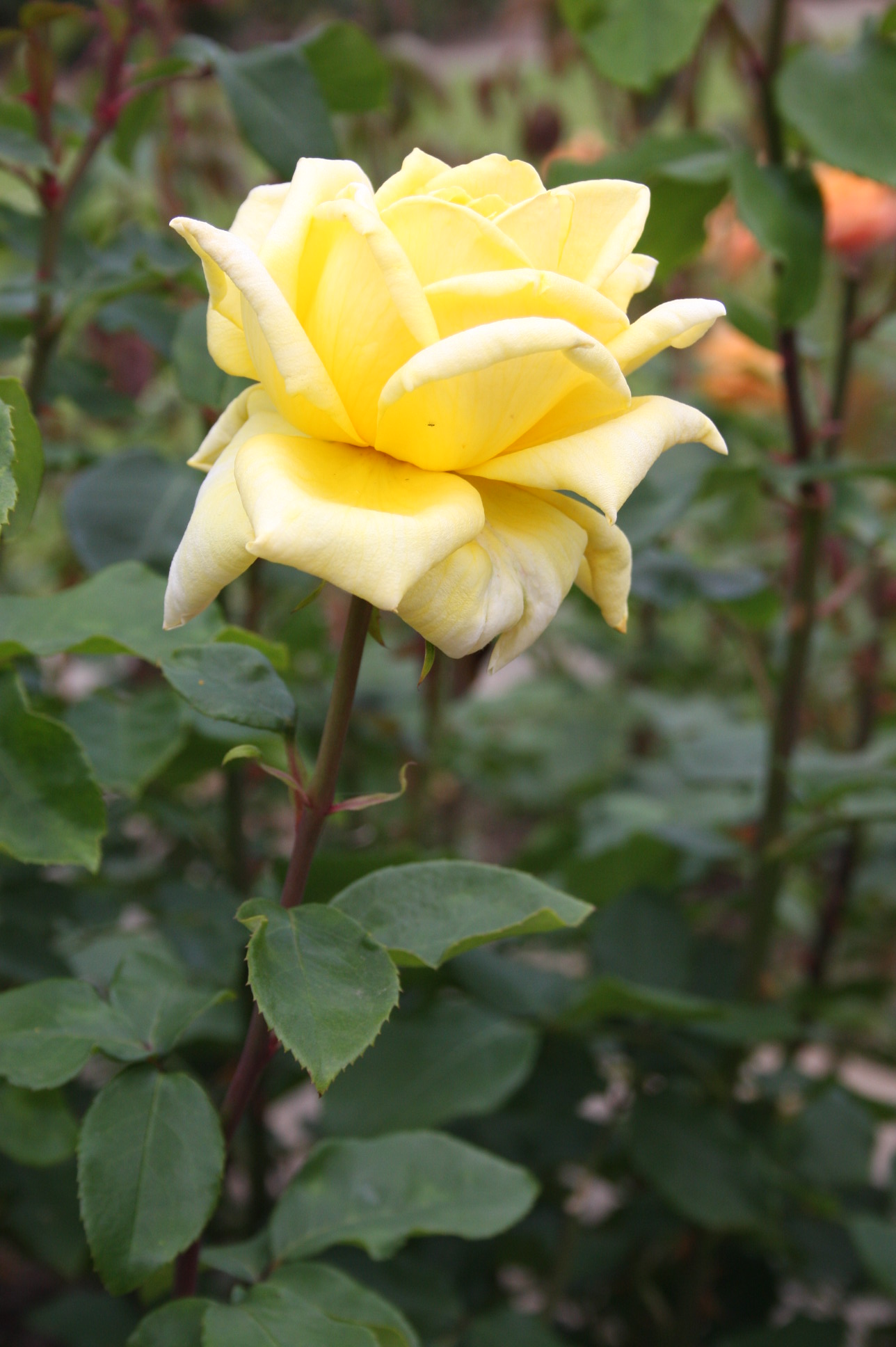
‘Goldenes Mainz’, Wilhelm Kordes, 1933
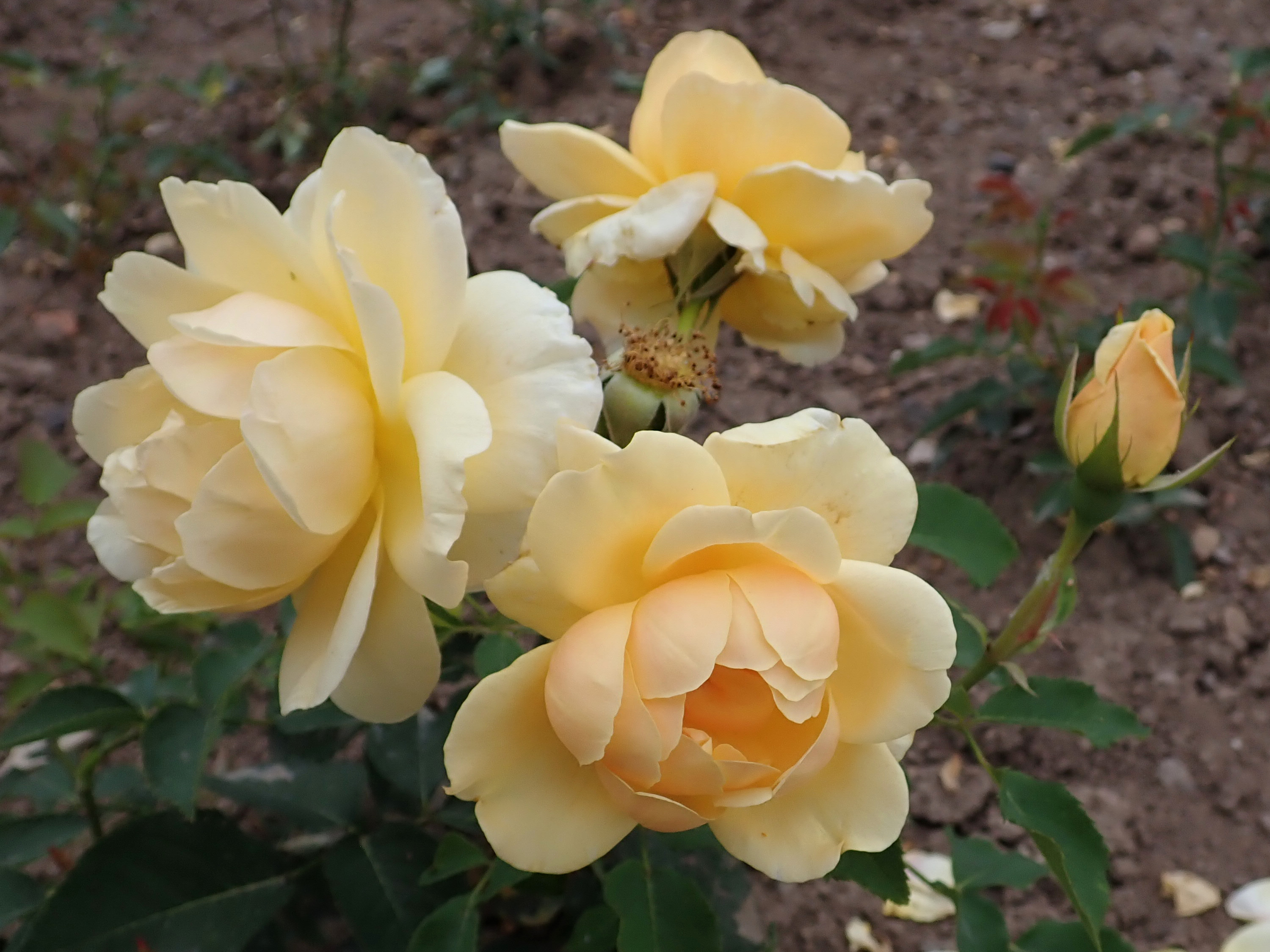
‘Golden Fleece’, Boerner/Jackson & Perkins, 1955
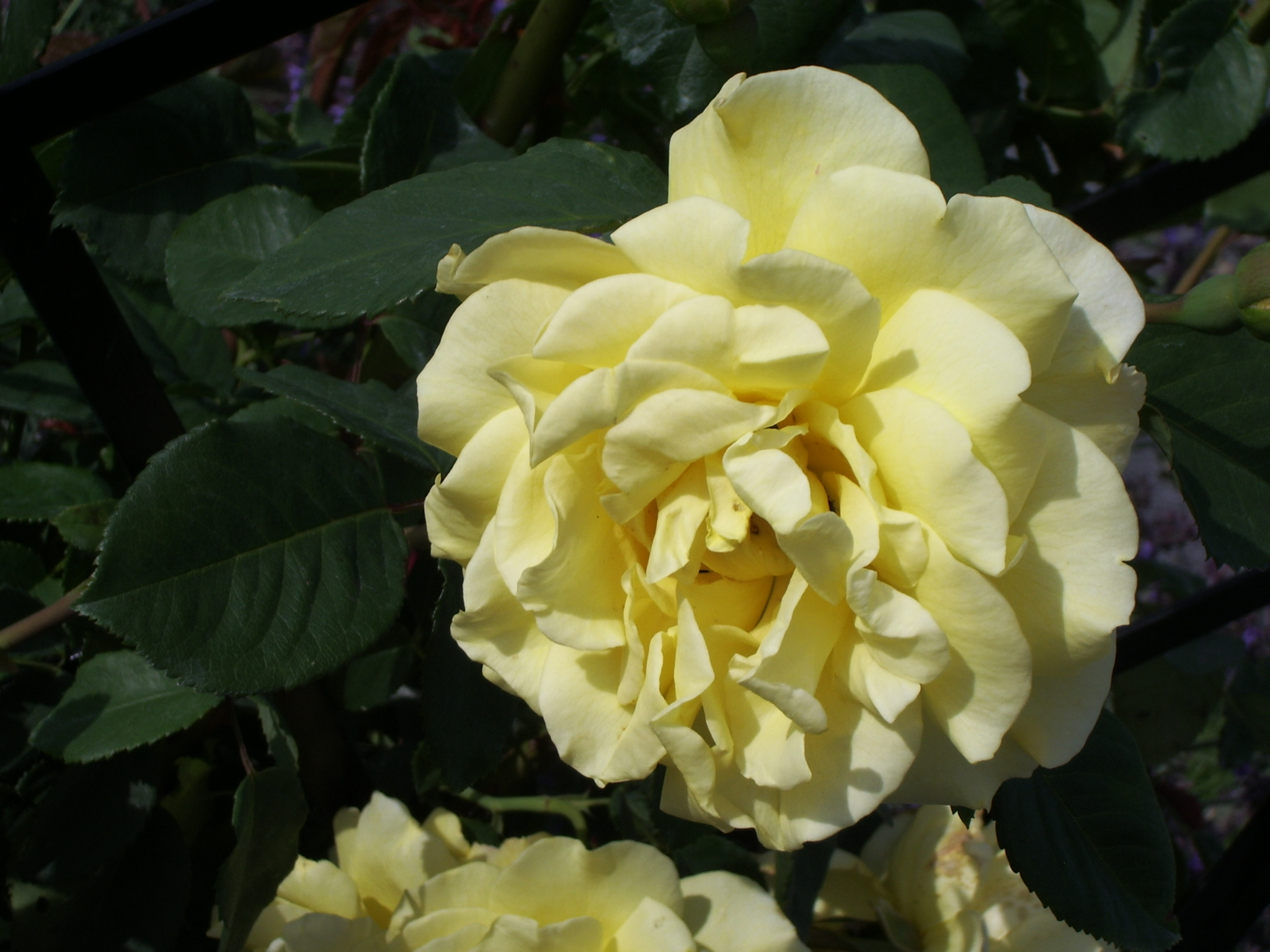
‘Golden Gate’, Kordes, 2005
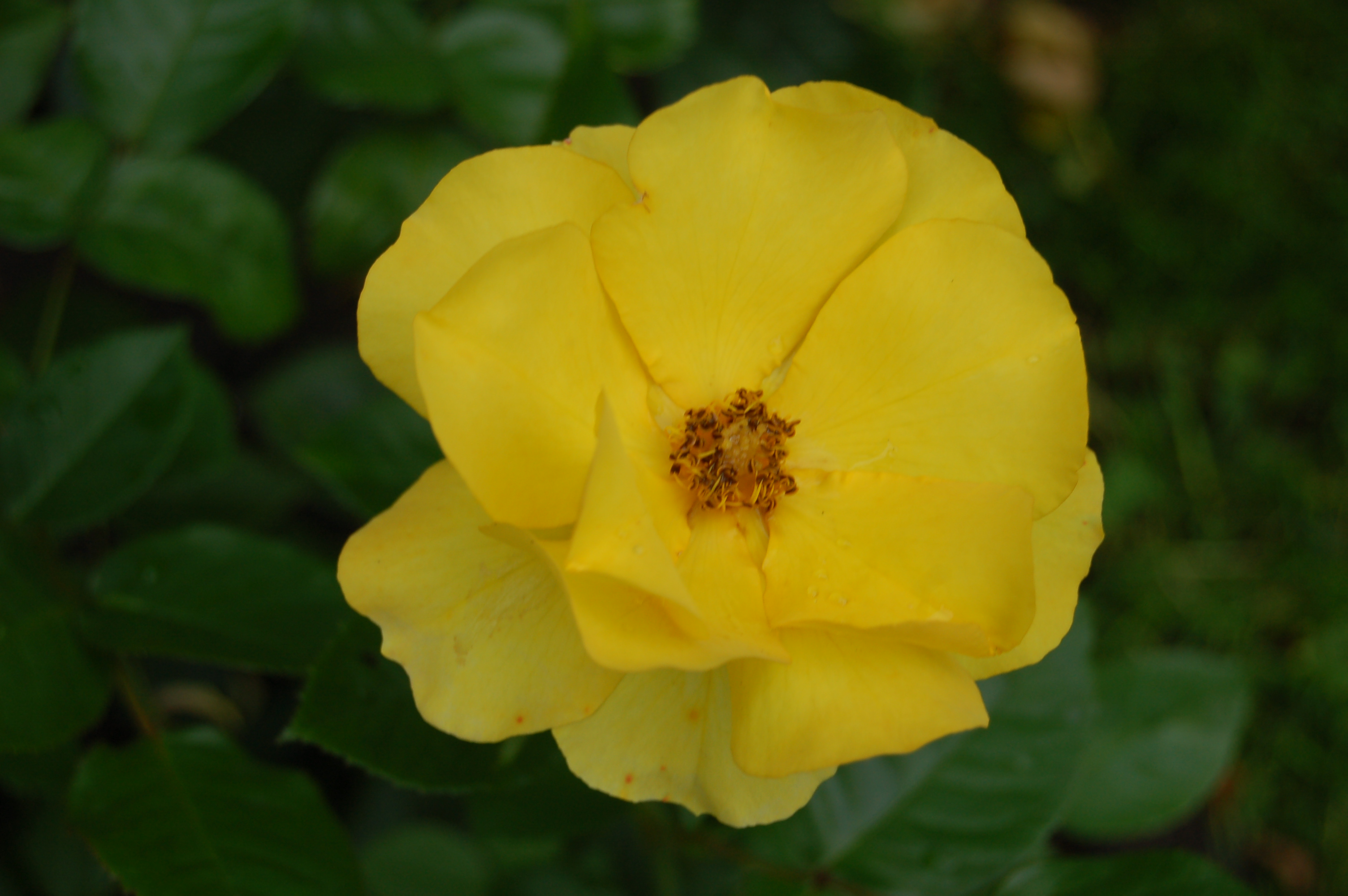
‘Golden Holstein’, Kordes, 1989
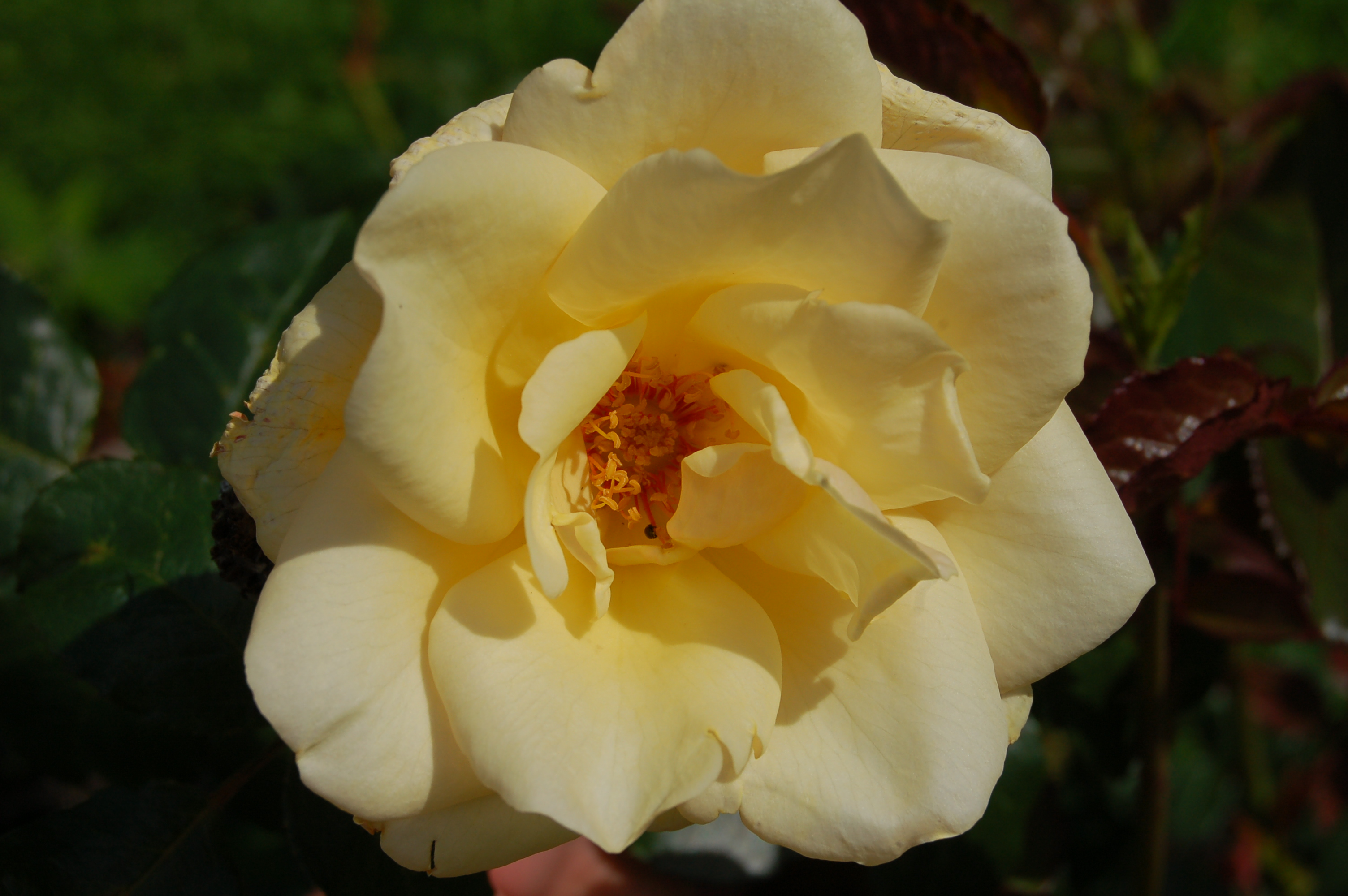
‘Golden Medaillon’, Kordes, 1991
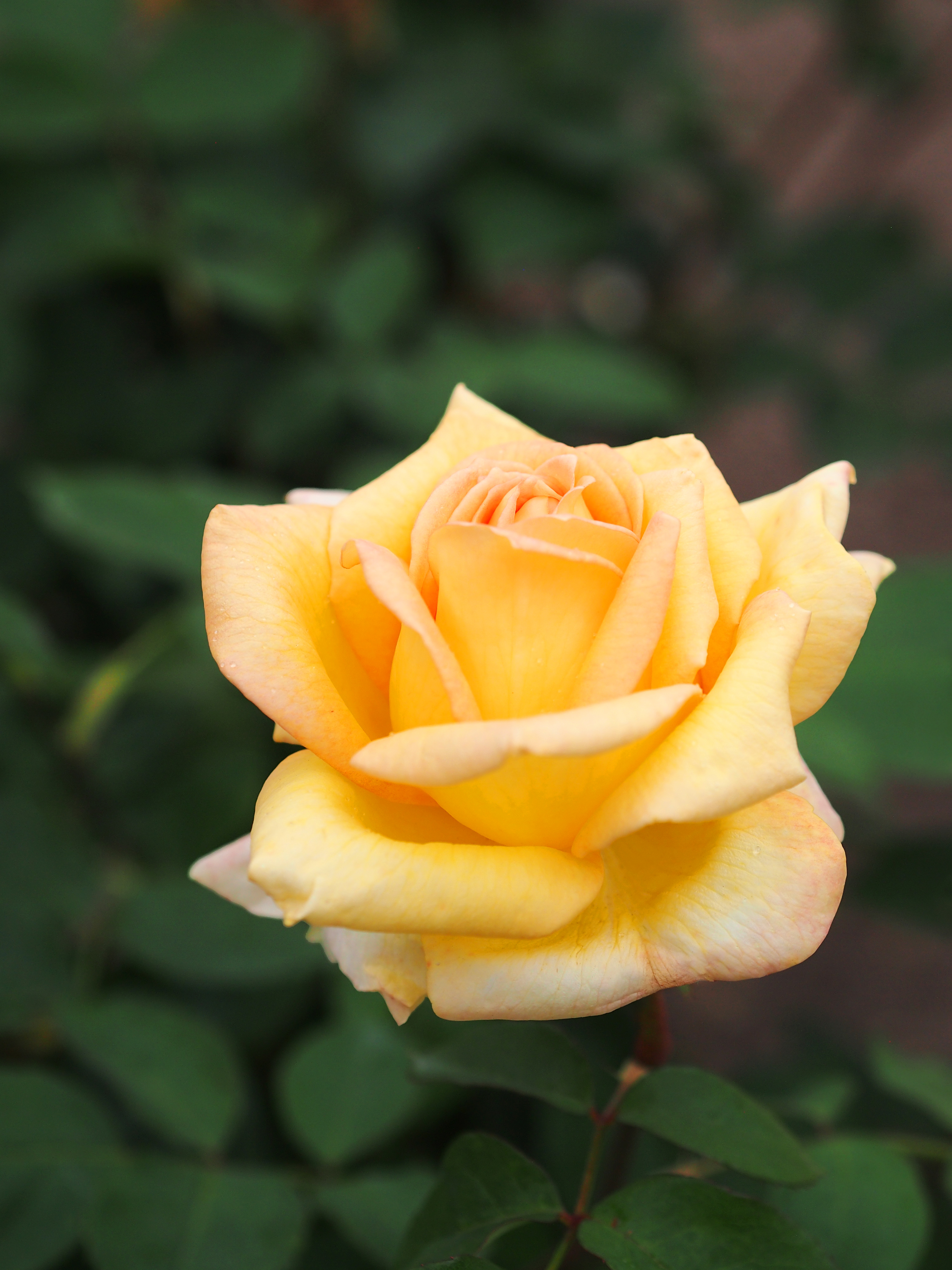
‘Golden Planet’, Kikuo Teranishi, 2003
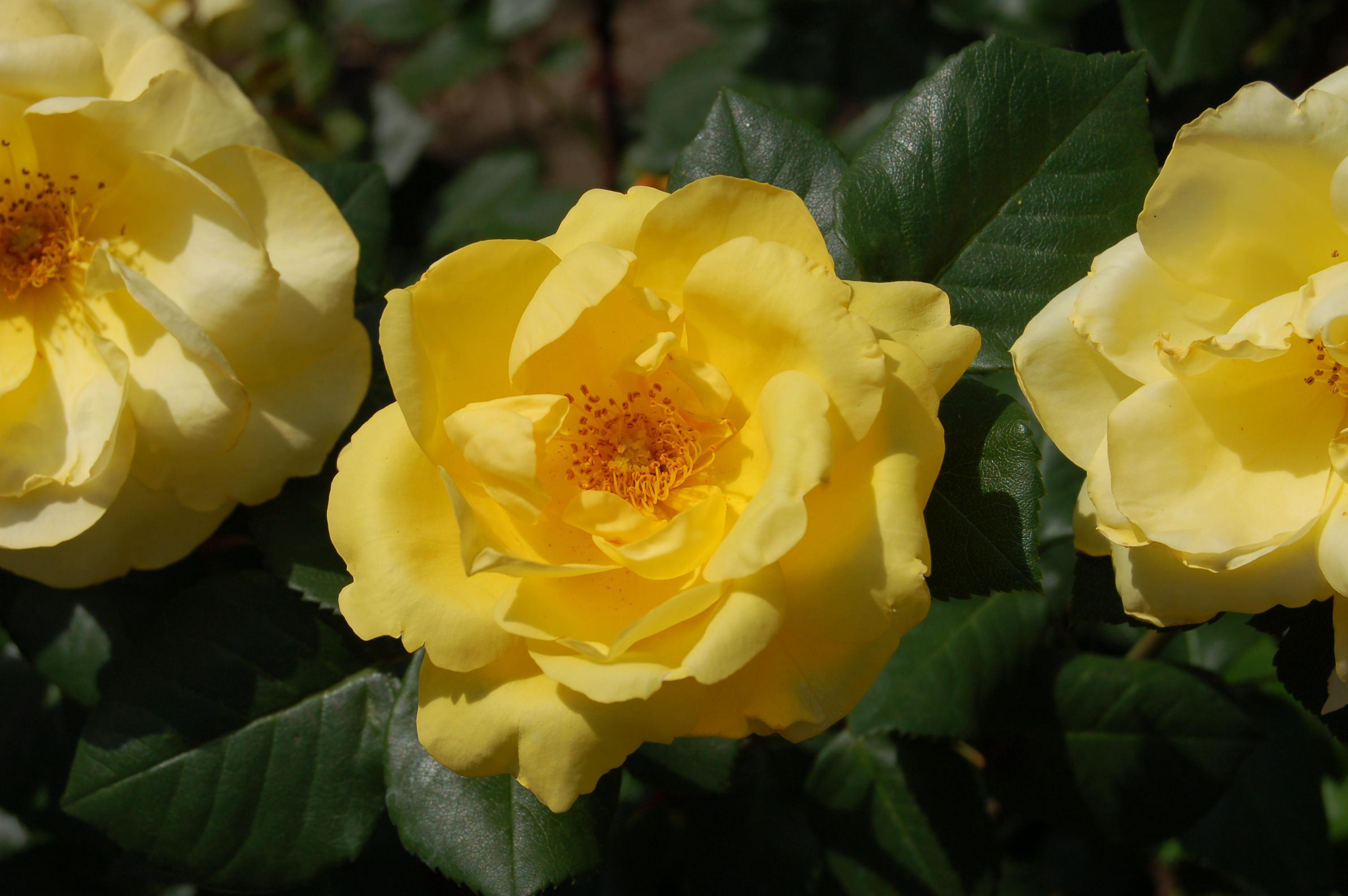
‘Golden Promise’, De Ruiter, 1977
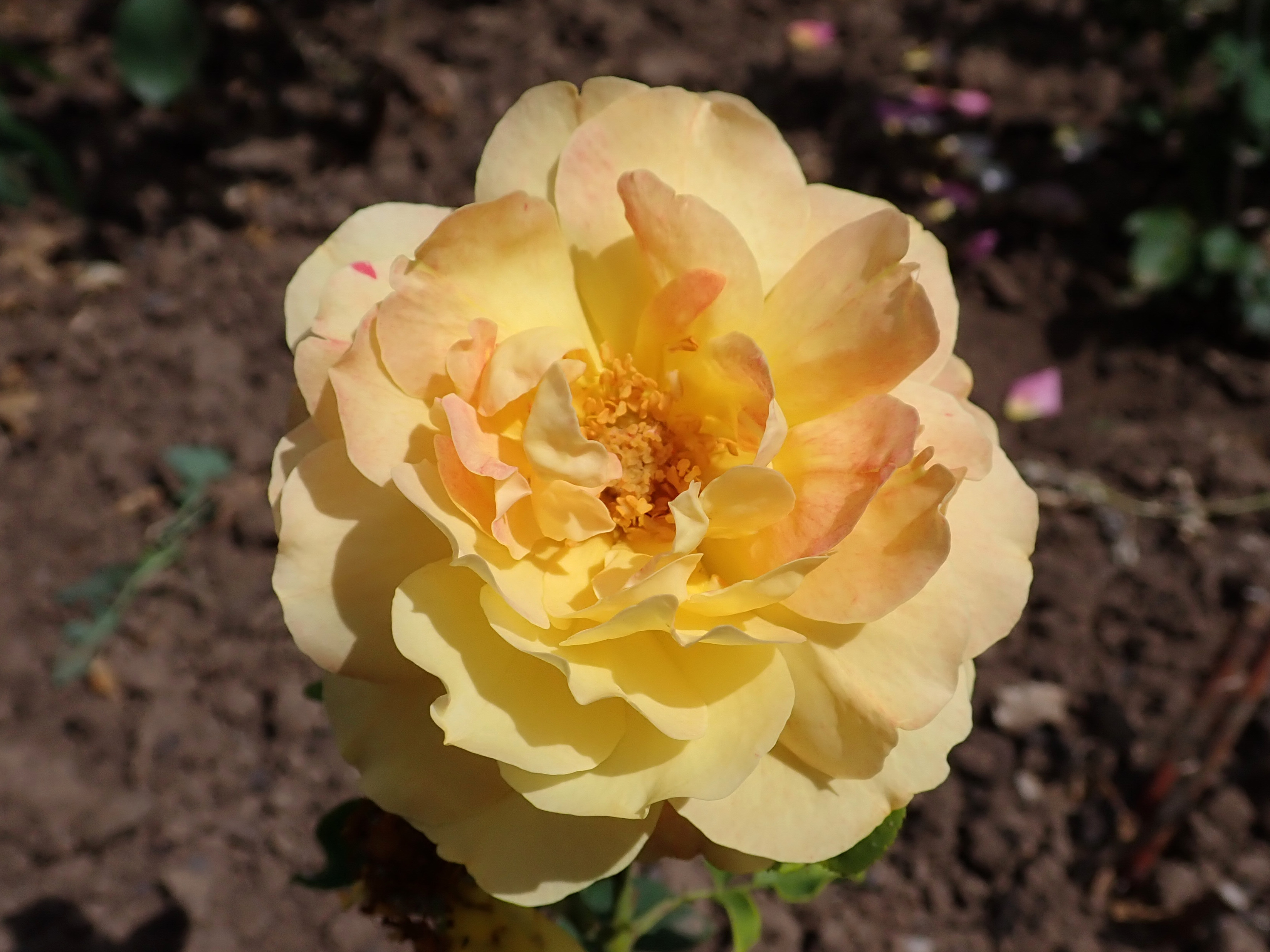
‘Golden Sástago’, Pedro Dot, 1938
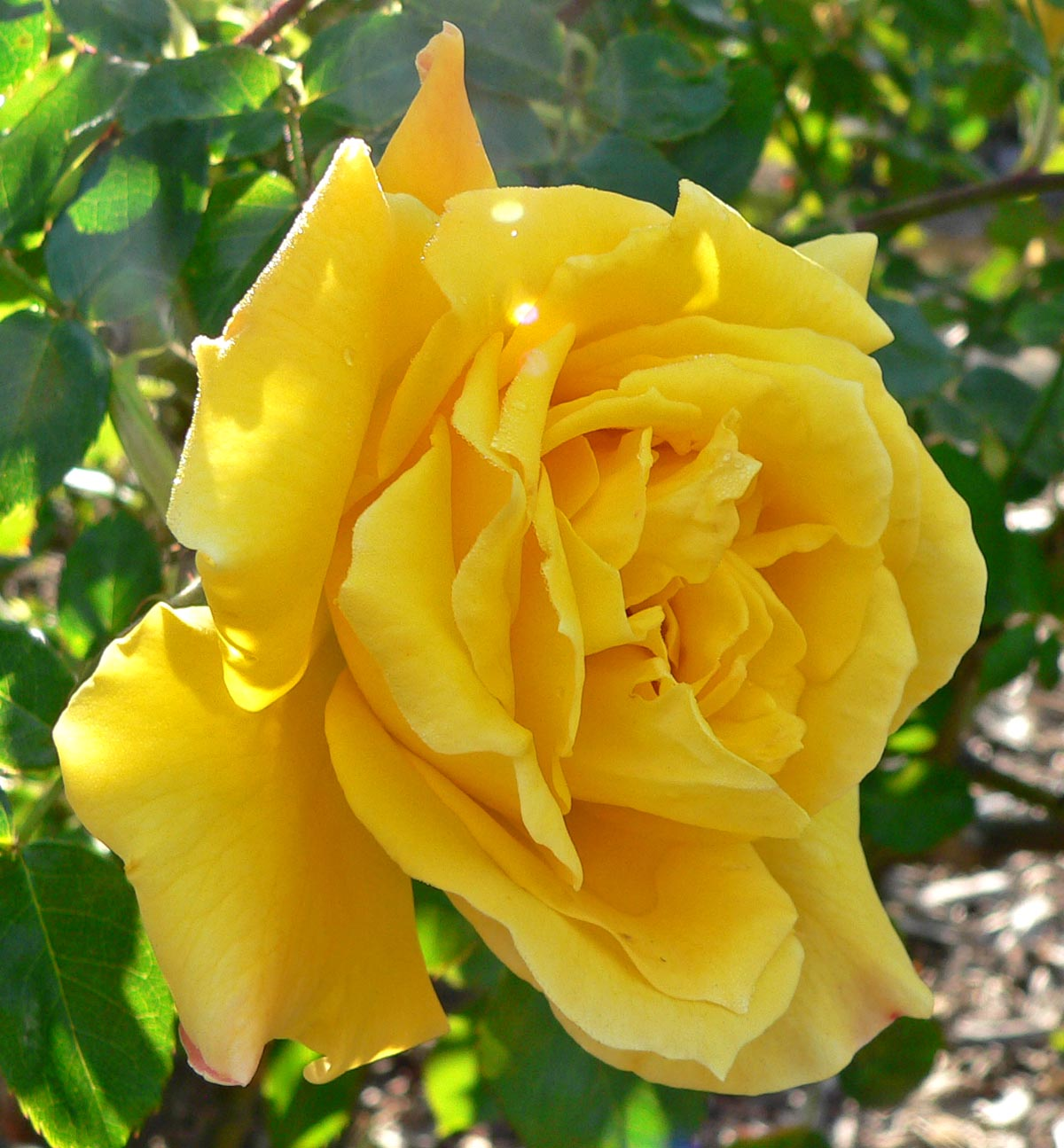
‘Golden Scepter’, Verschuren-Pechtold/Jan Spek, 1950
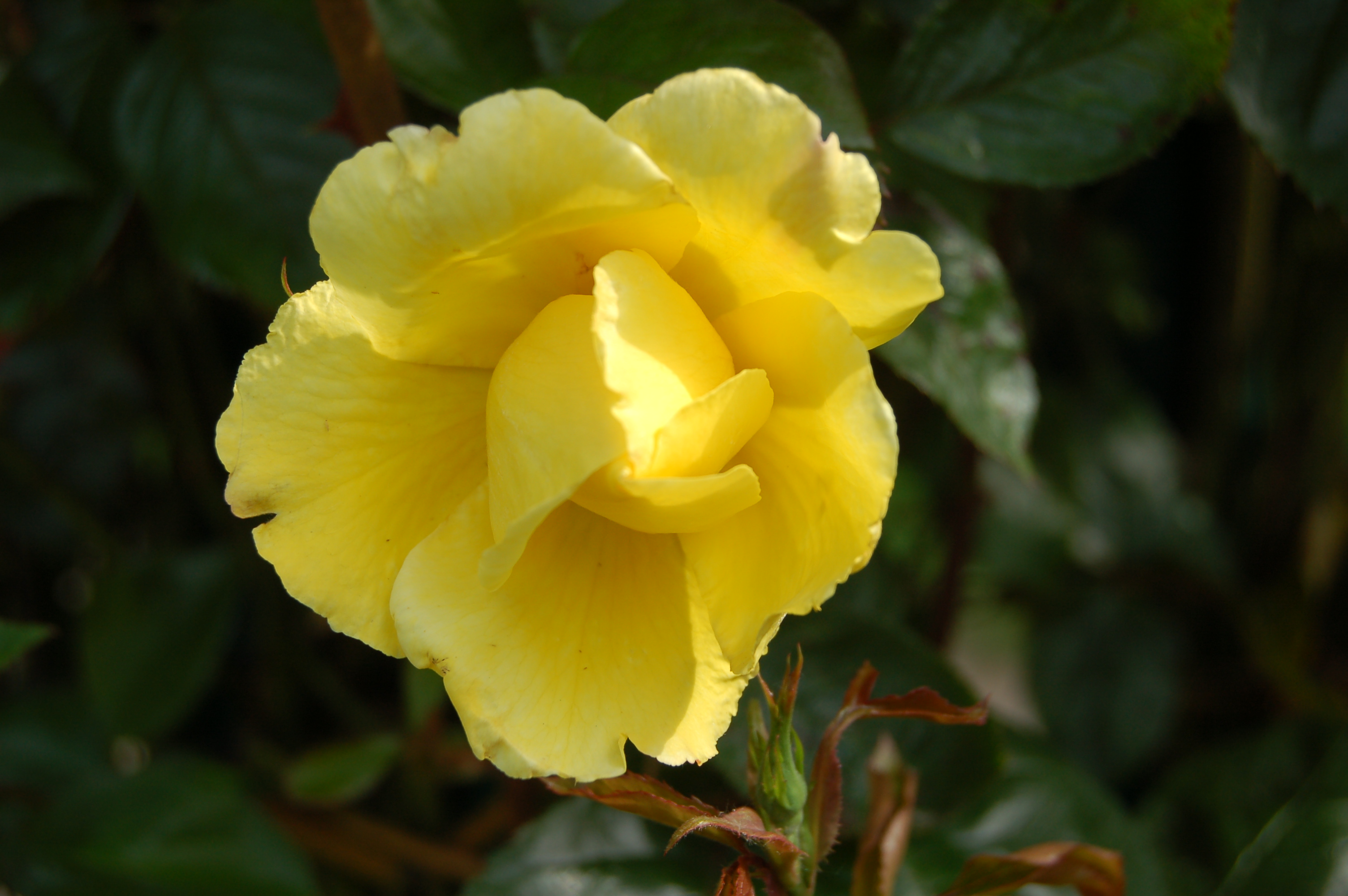
‘Golden Showers’, Germains’ Seed u. Plant, 1958
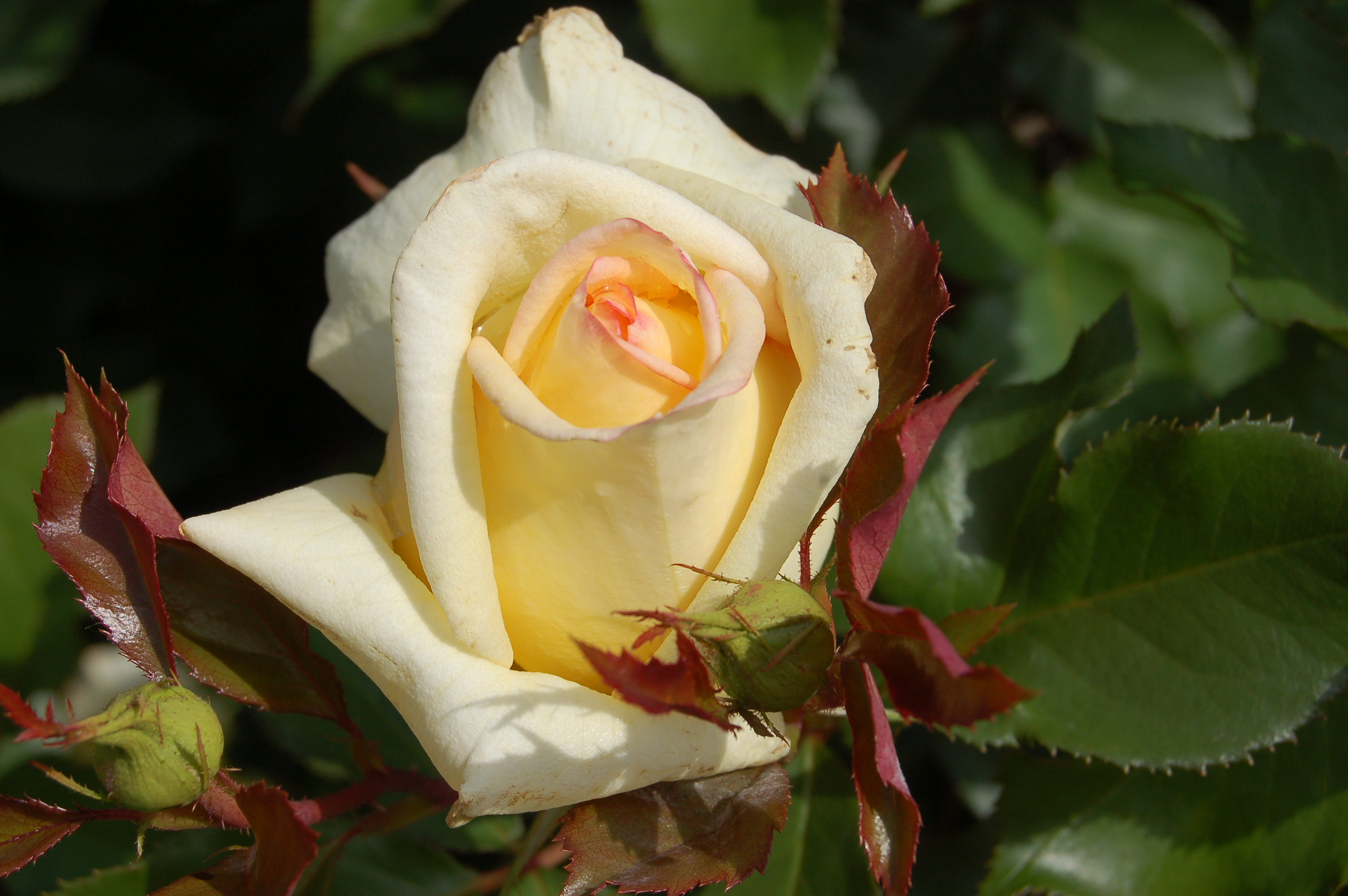
‘Golden Tower’, Tantau, 2005
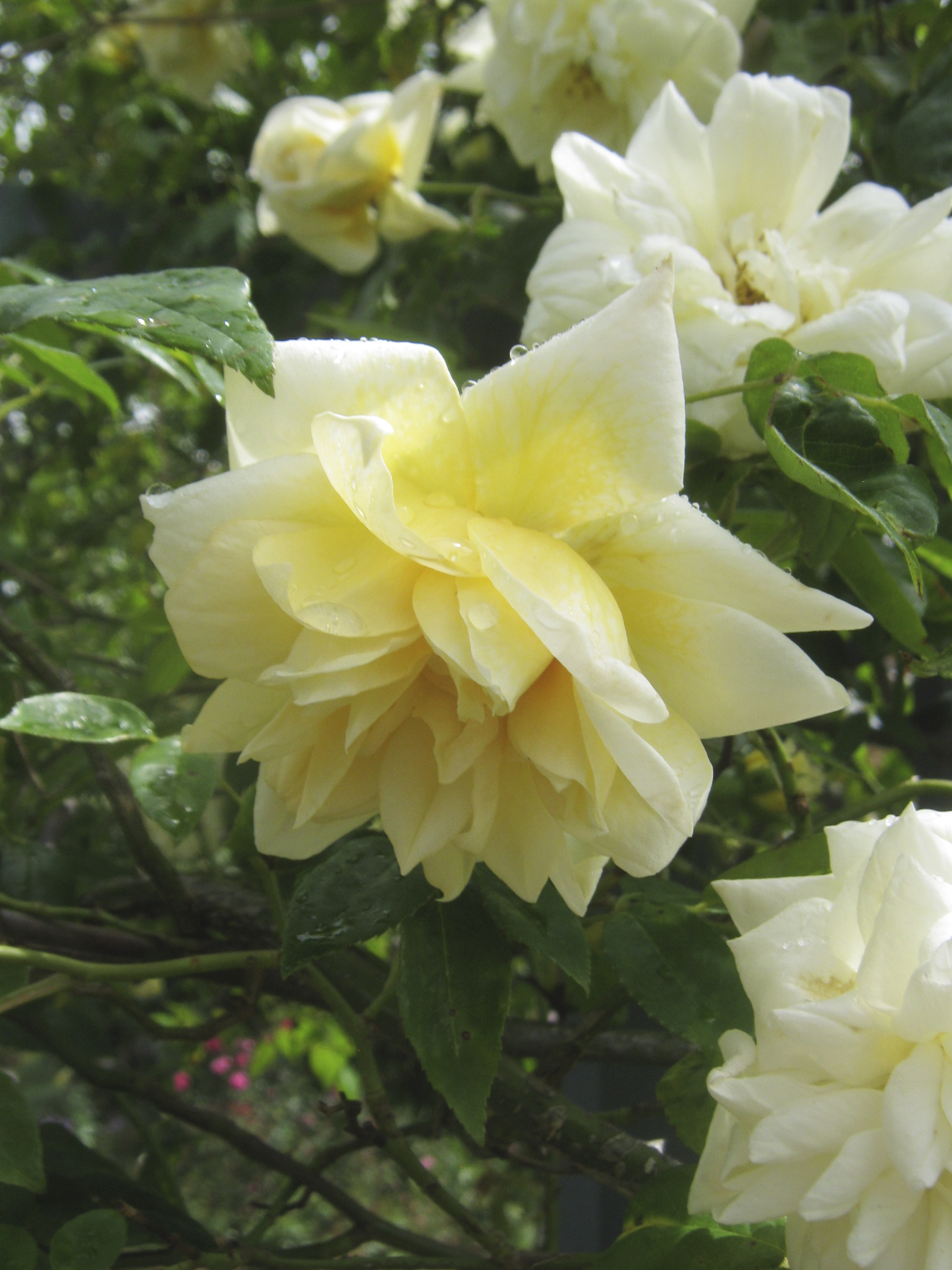
‘Golden Vision’, Alister Clerk, 1922
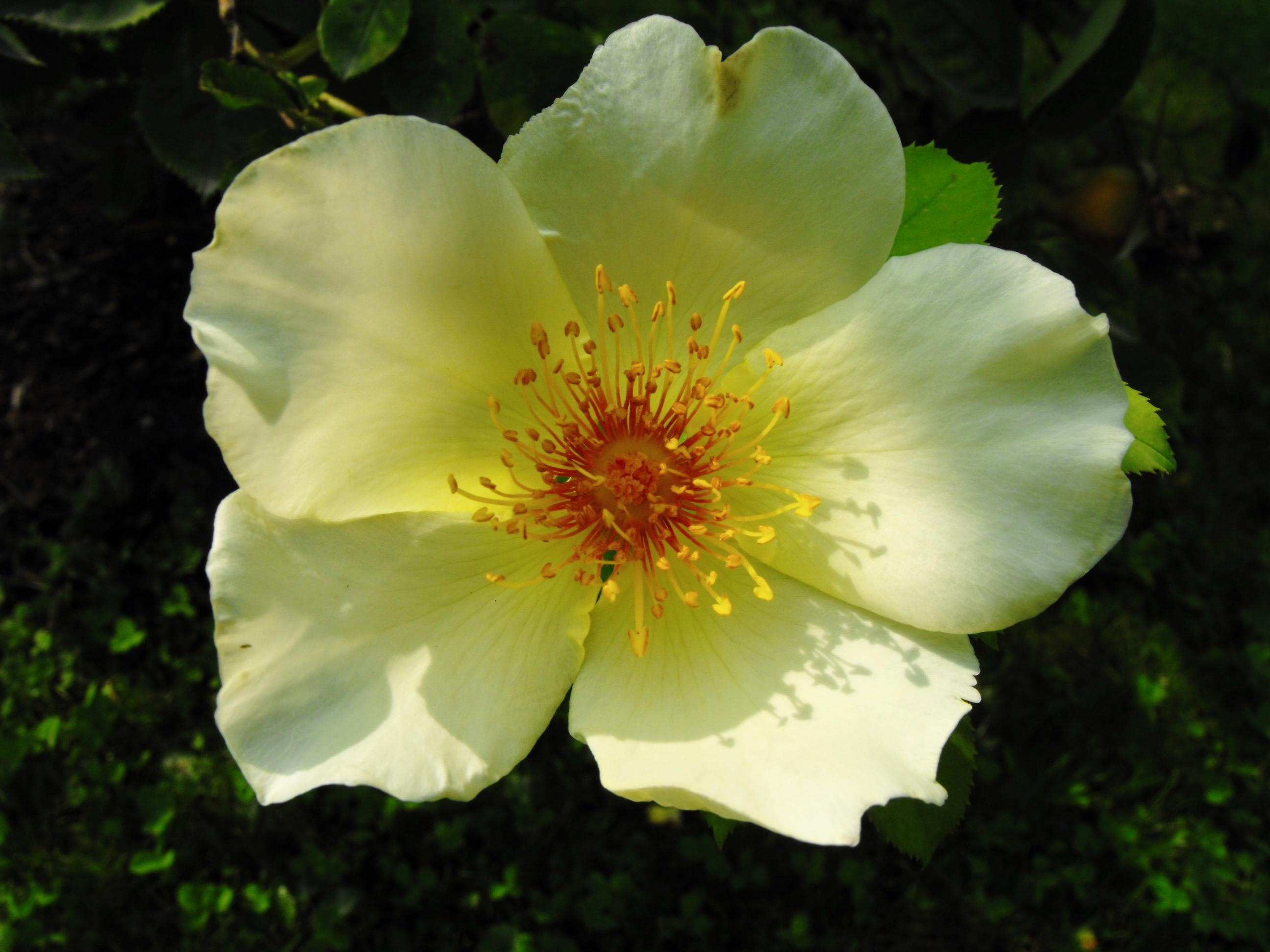
‘Golden Wings’, Shepherd, 1956
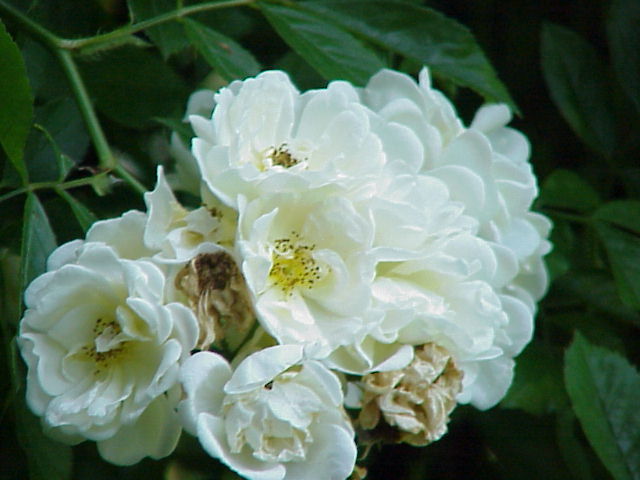
‘Goldfinch’, George Paul, 1907
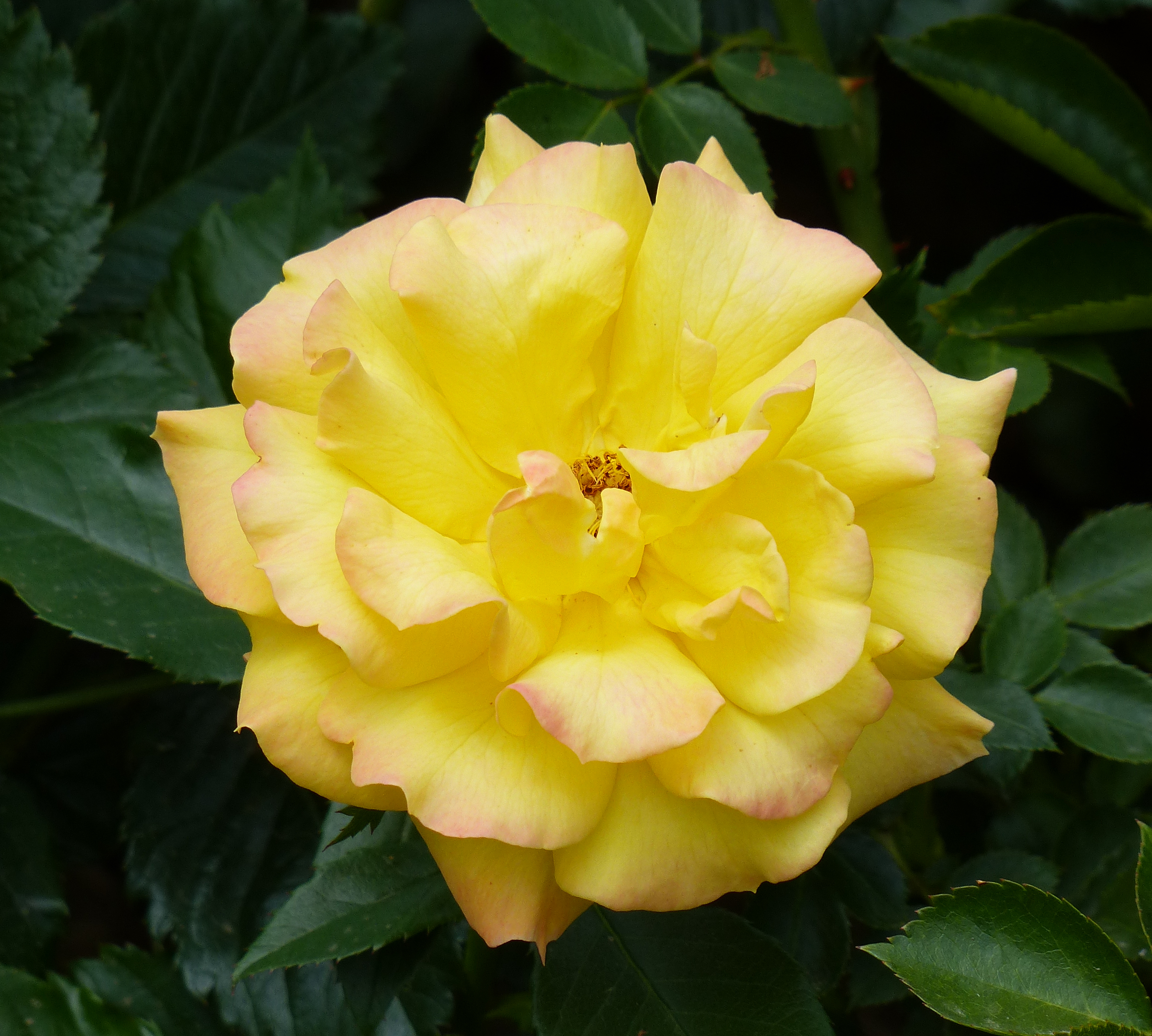
‘Goldmarie’, Kordes, 1982
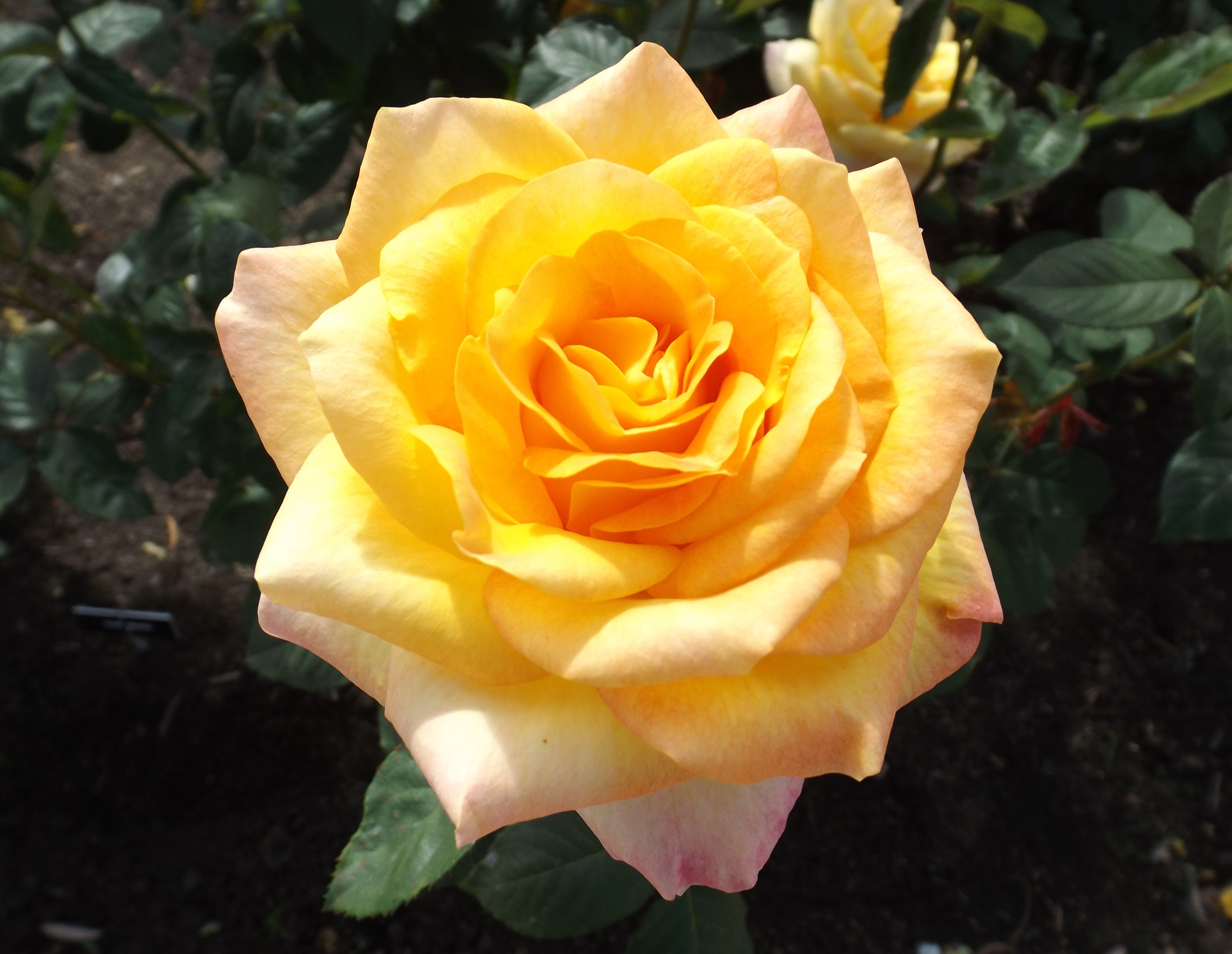
‘Gold Medal’, Jack E. Christensen, 1982
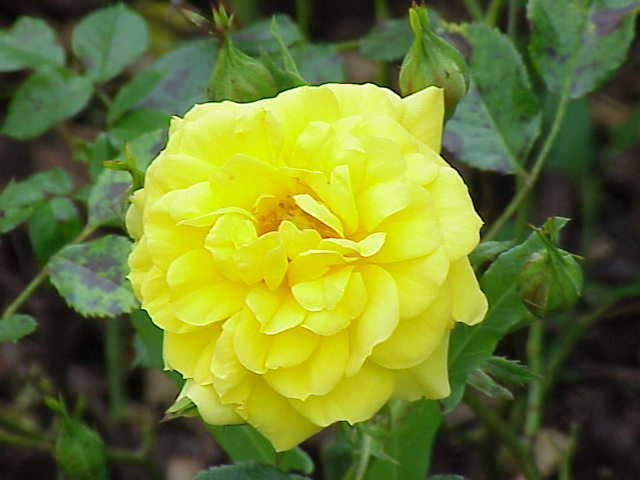
‘Goldpin’, Interplant, 1997
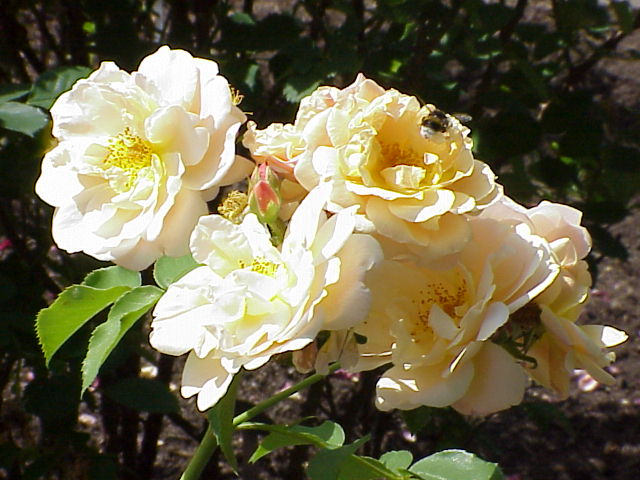
‘Goldrausch’, Kordes, 1961
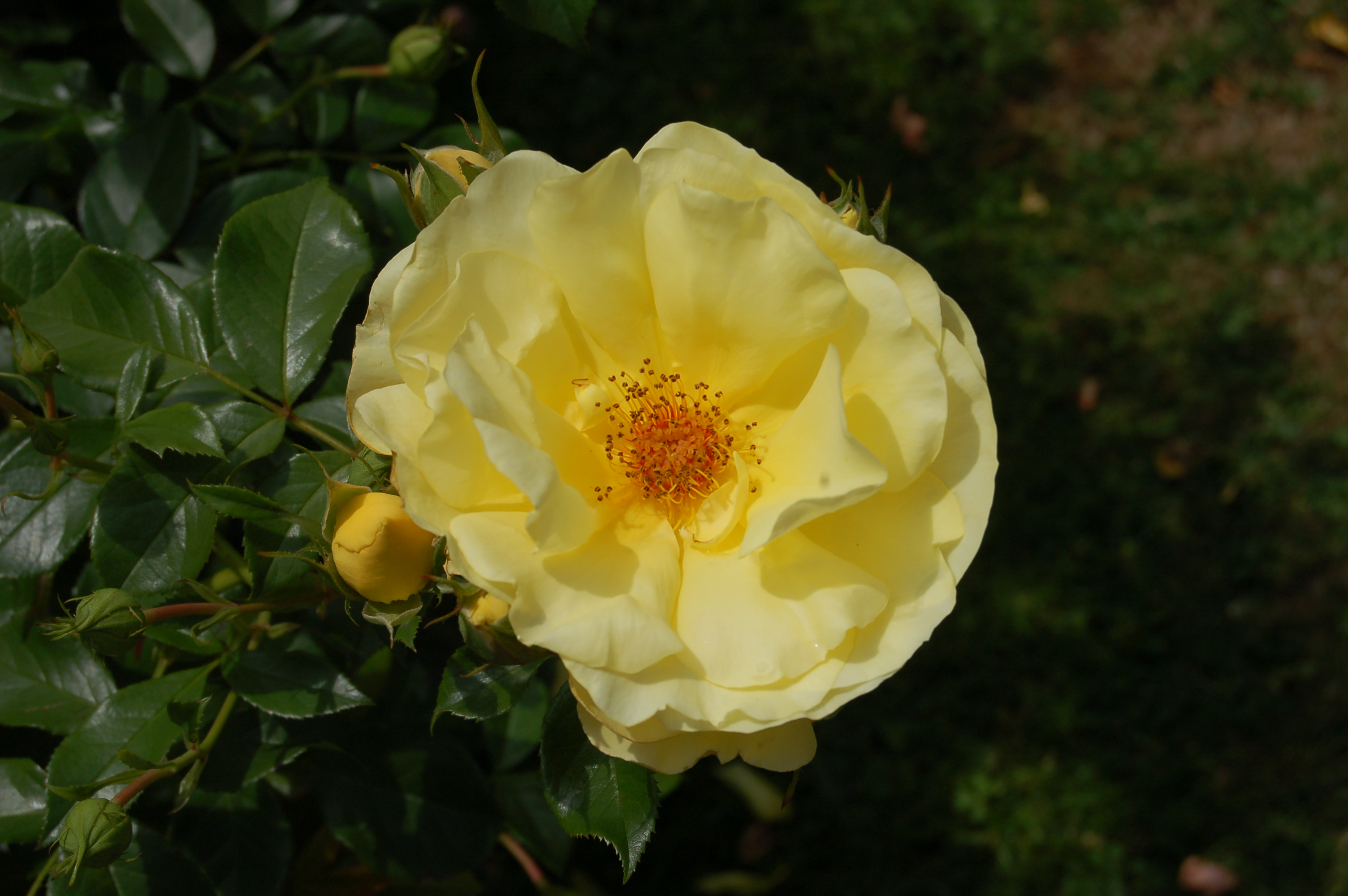
‘Goldschatz’, Tantau, 1996
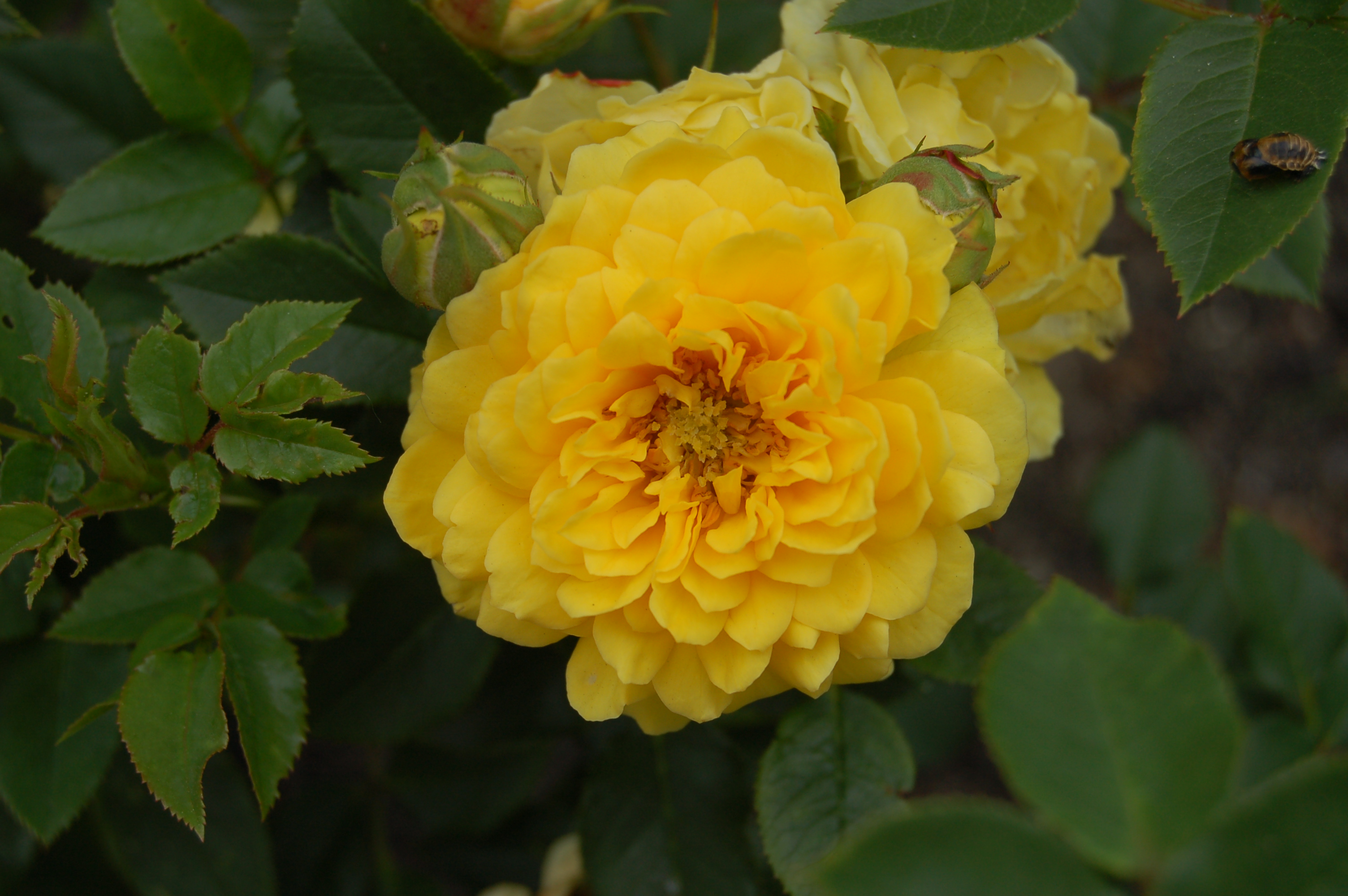
‘Gold Symphonie’, Meilland, 2002
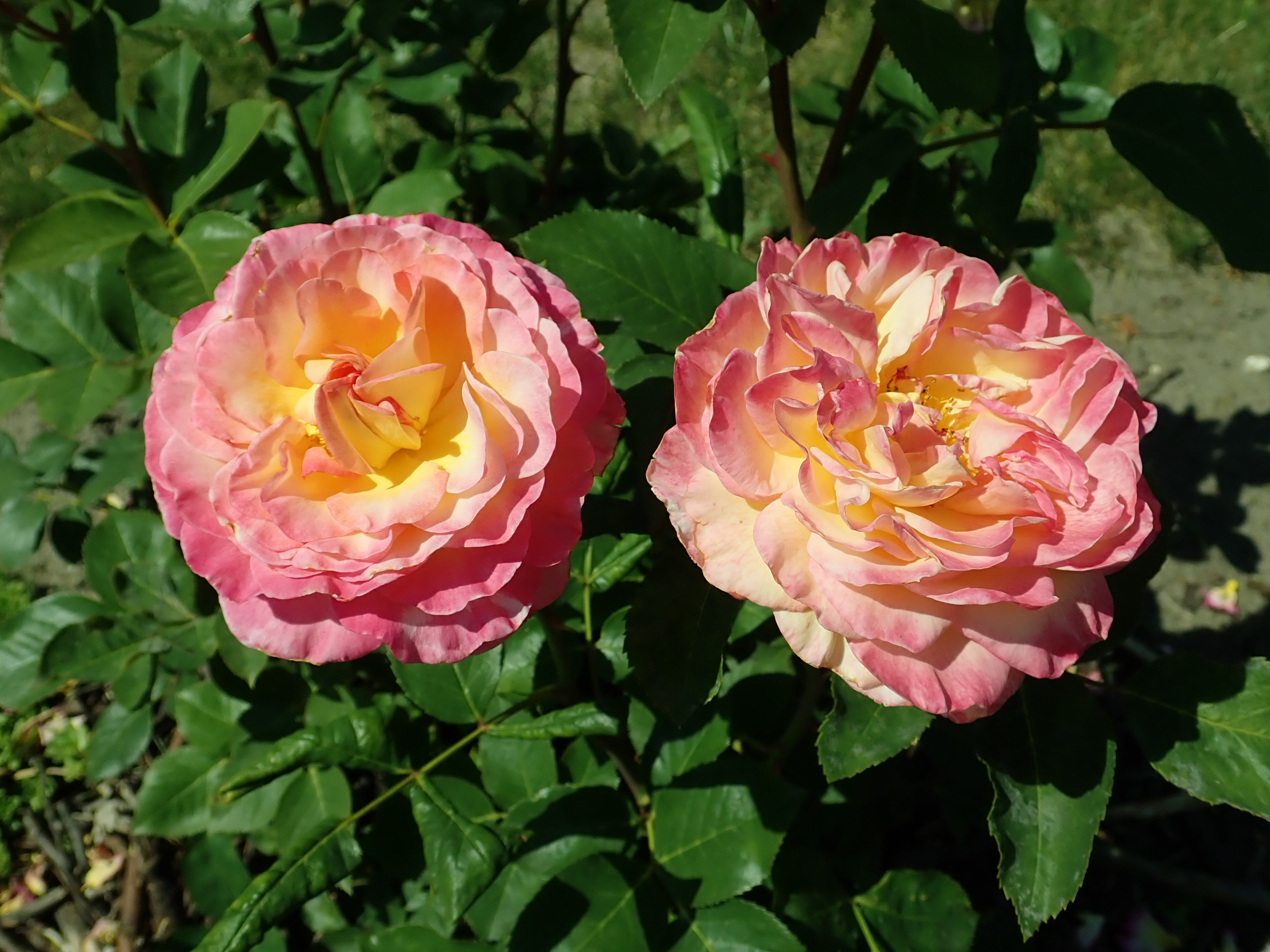
‘Gorgeous’, Olesen, 2012
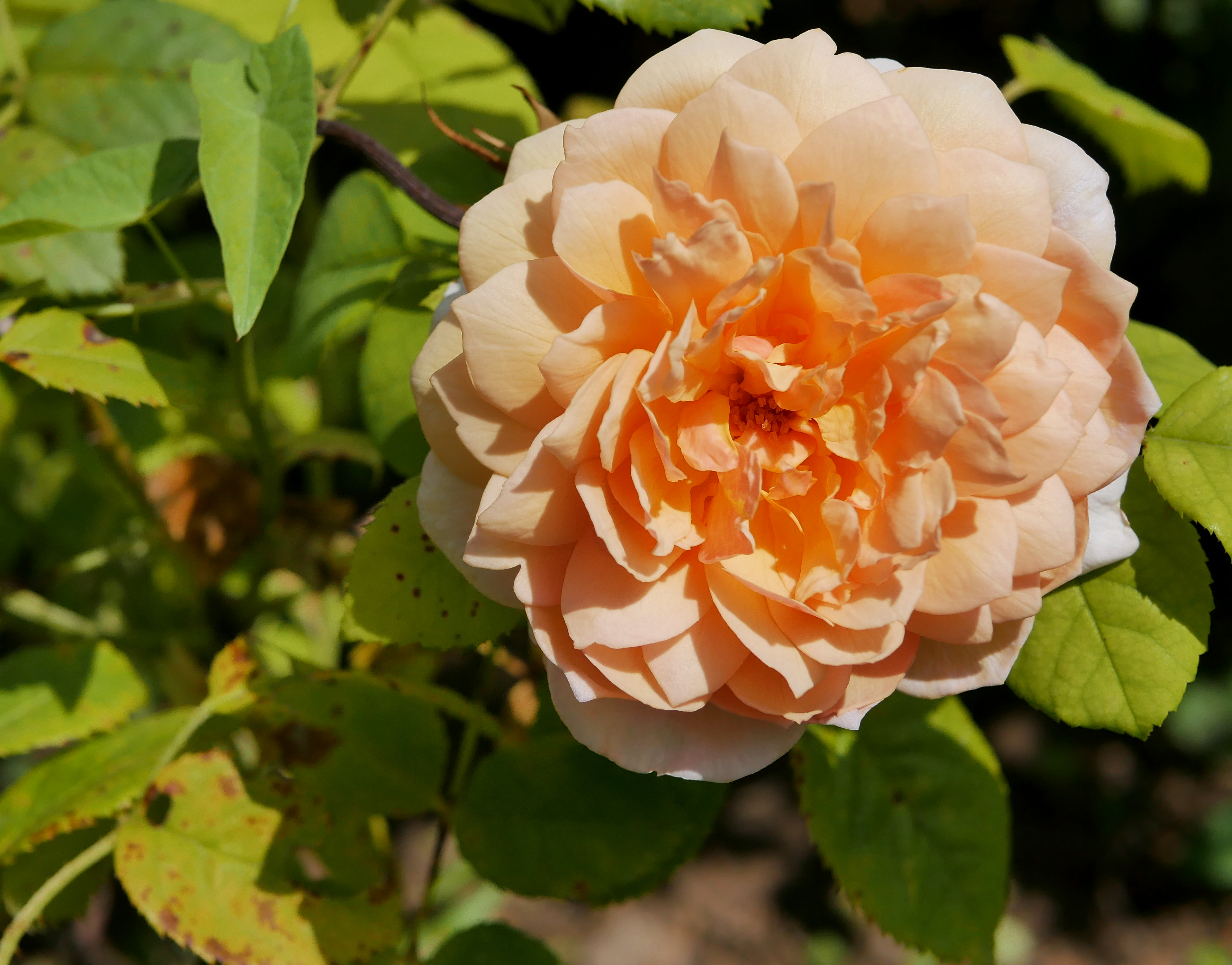
Grace (Rose), David Austin 2001
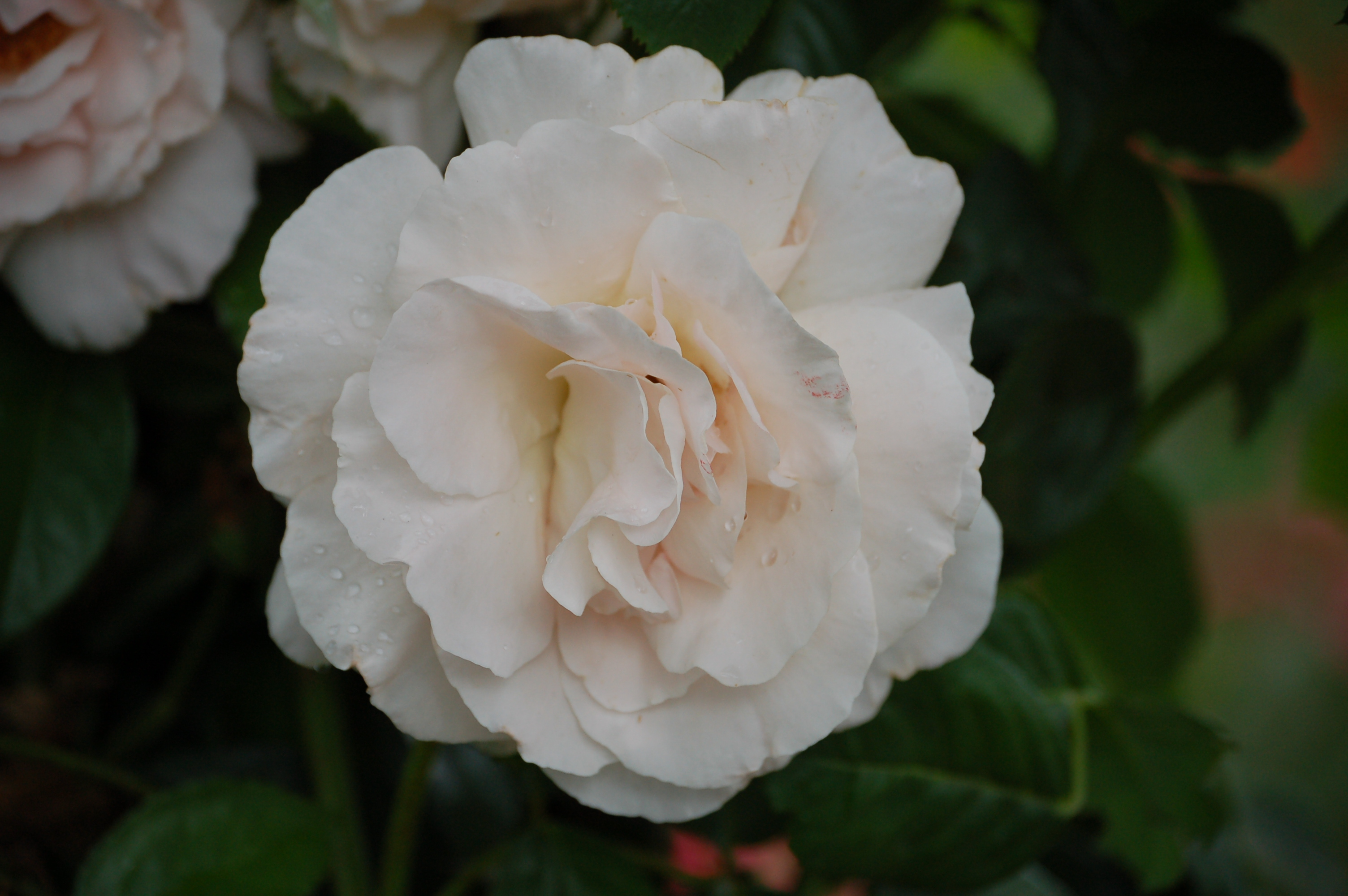
‘Graciosa’, Noack, 2002
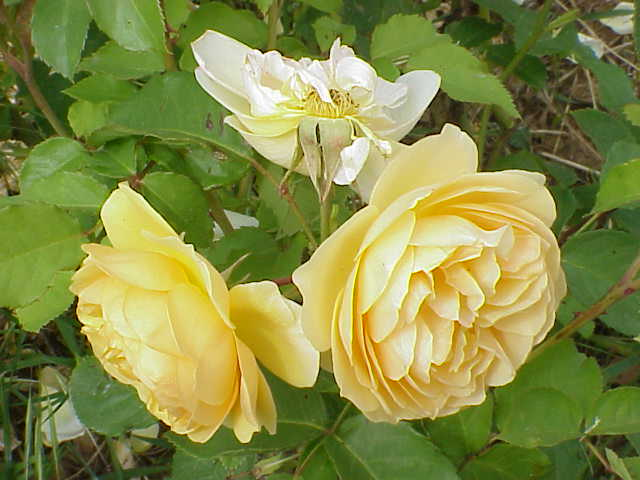
‘Graham Thomas’, Austin, 1983
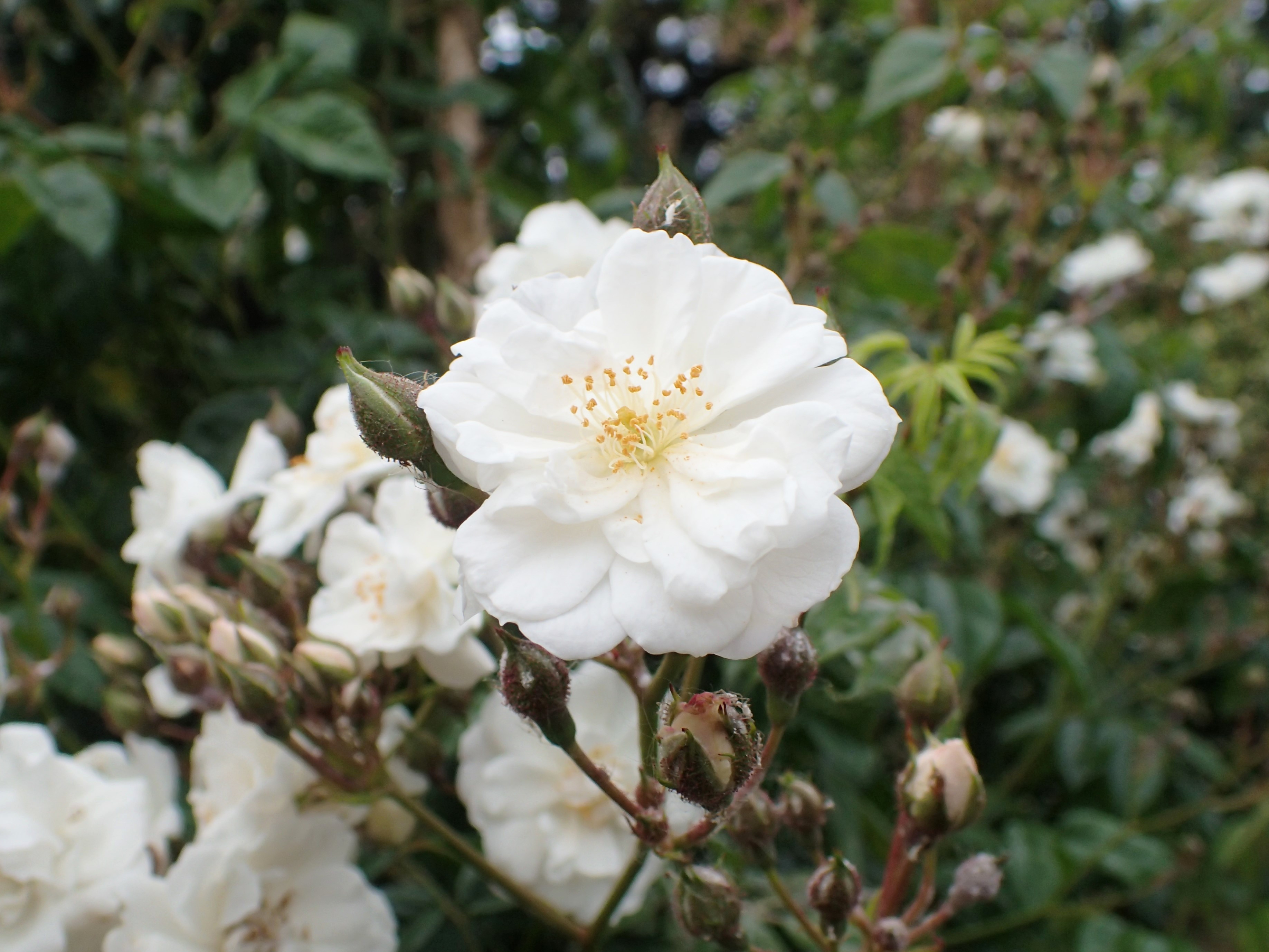
‘Gräfin Ada Bredow’, Louis Walter, 1909
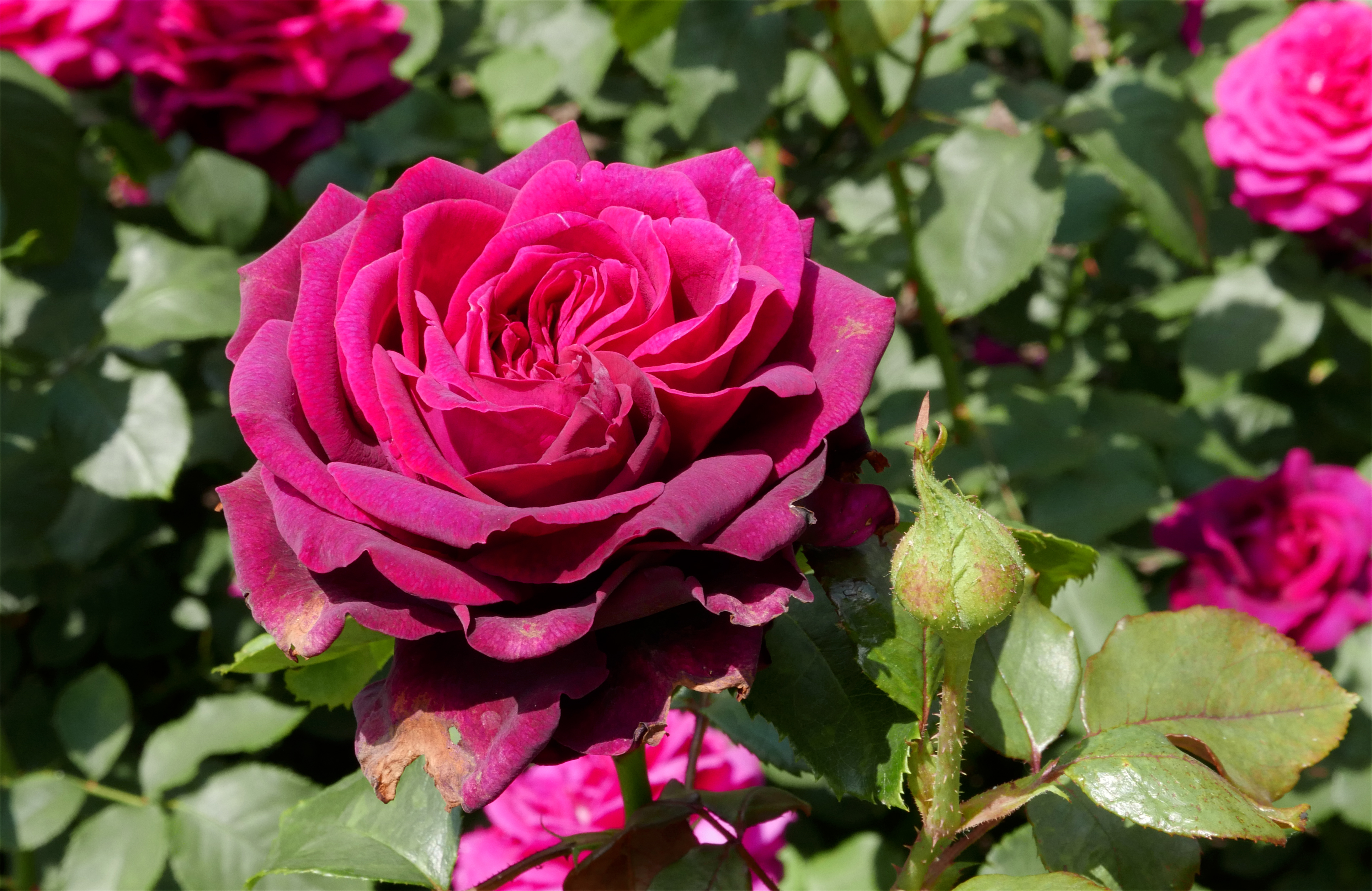
‘Gräfin Diana’, Kordes, 2003
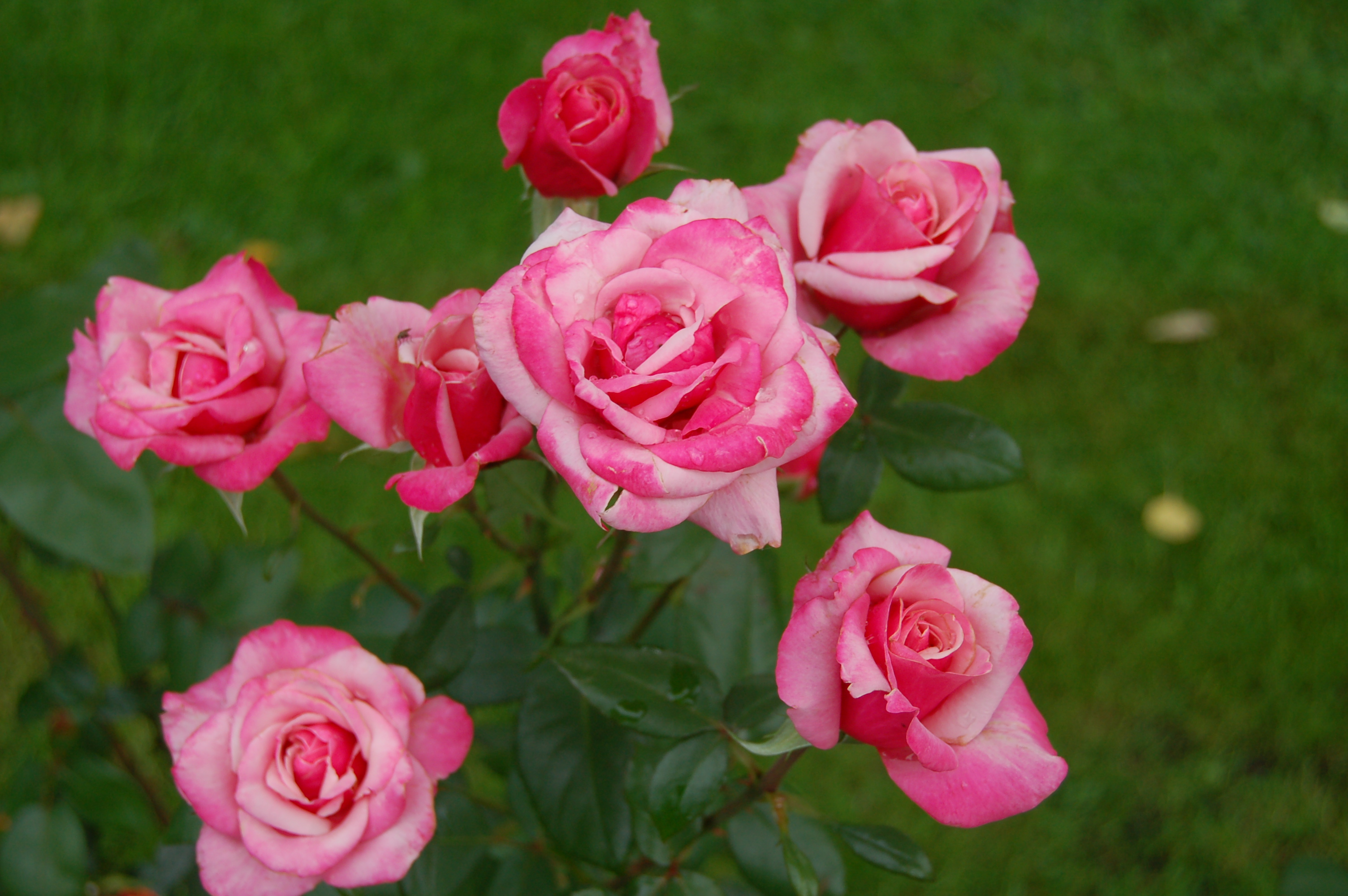
‘Gräfin Sonja’, Tantau, 1994
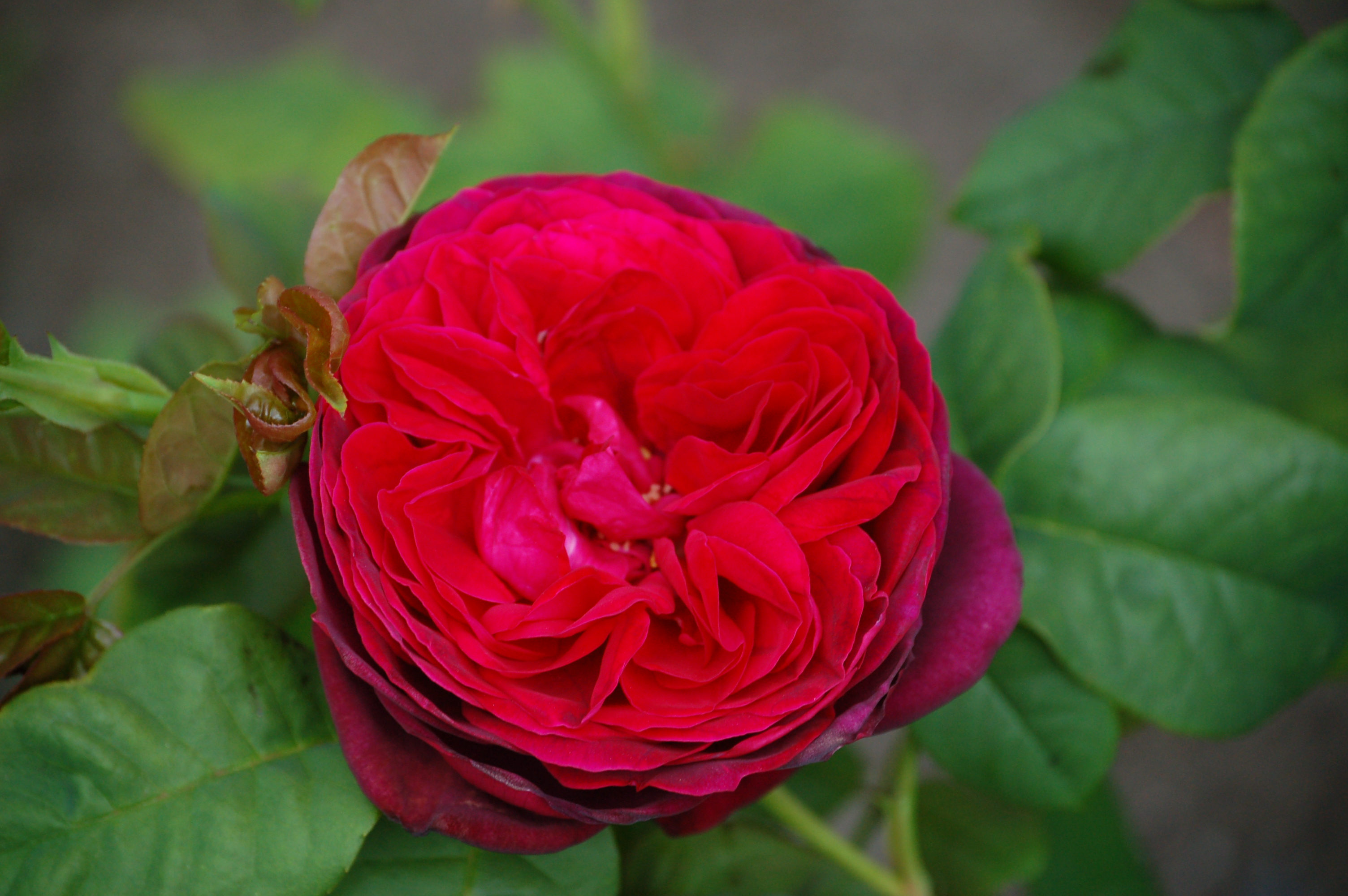
‘Gräfin von Hardenberg’, Tantau, 2002
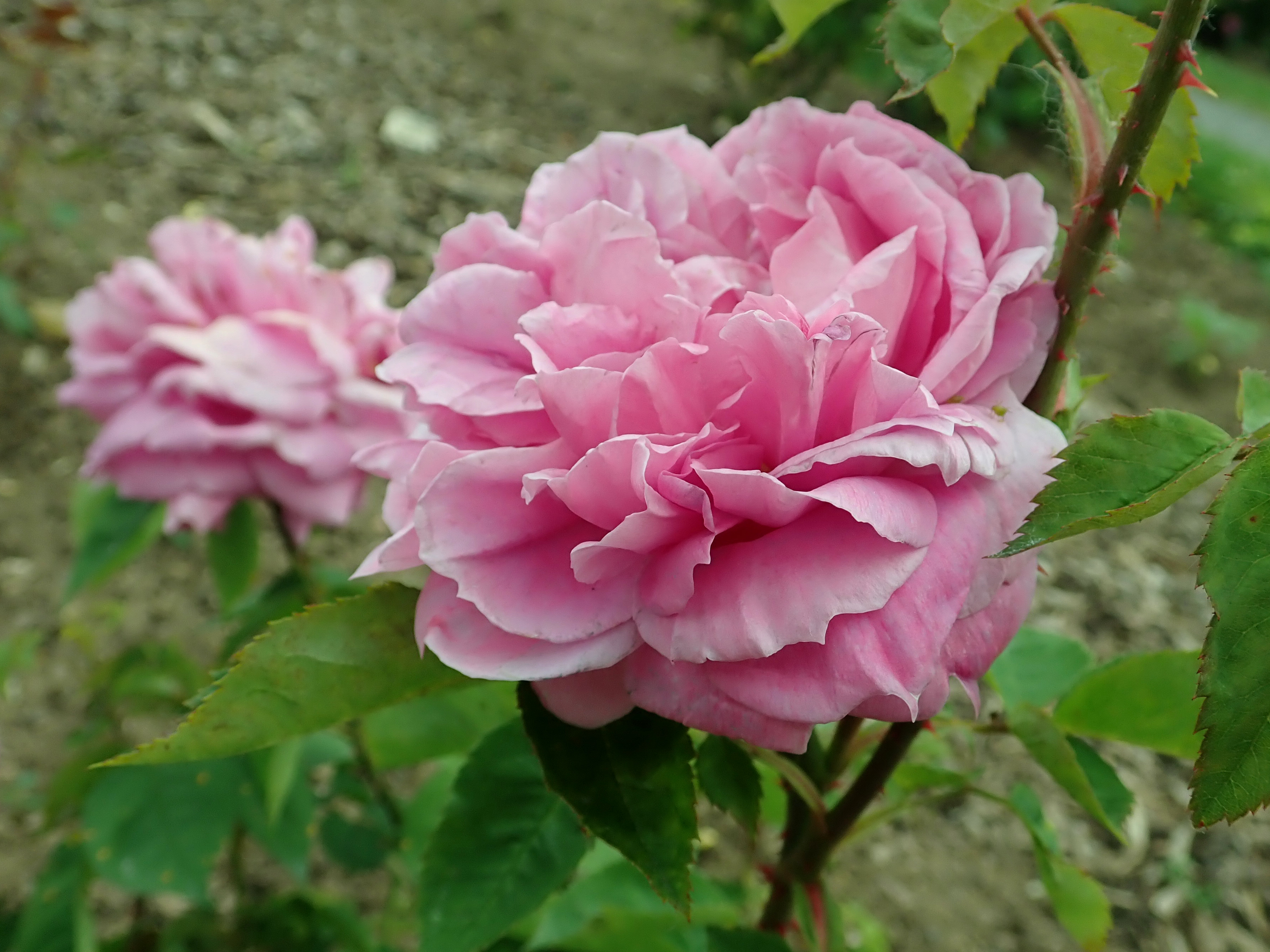
‘Grand-Duc Alexis’, Louis Lévêque, 1892
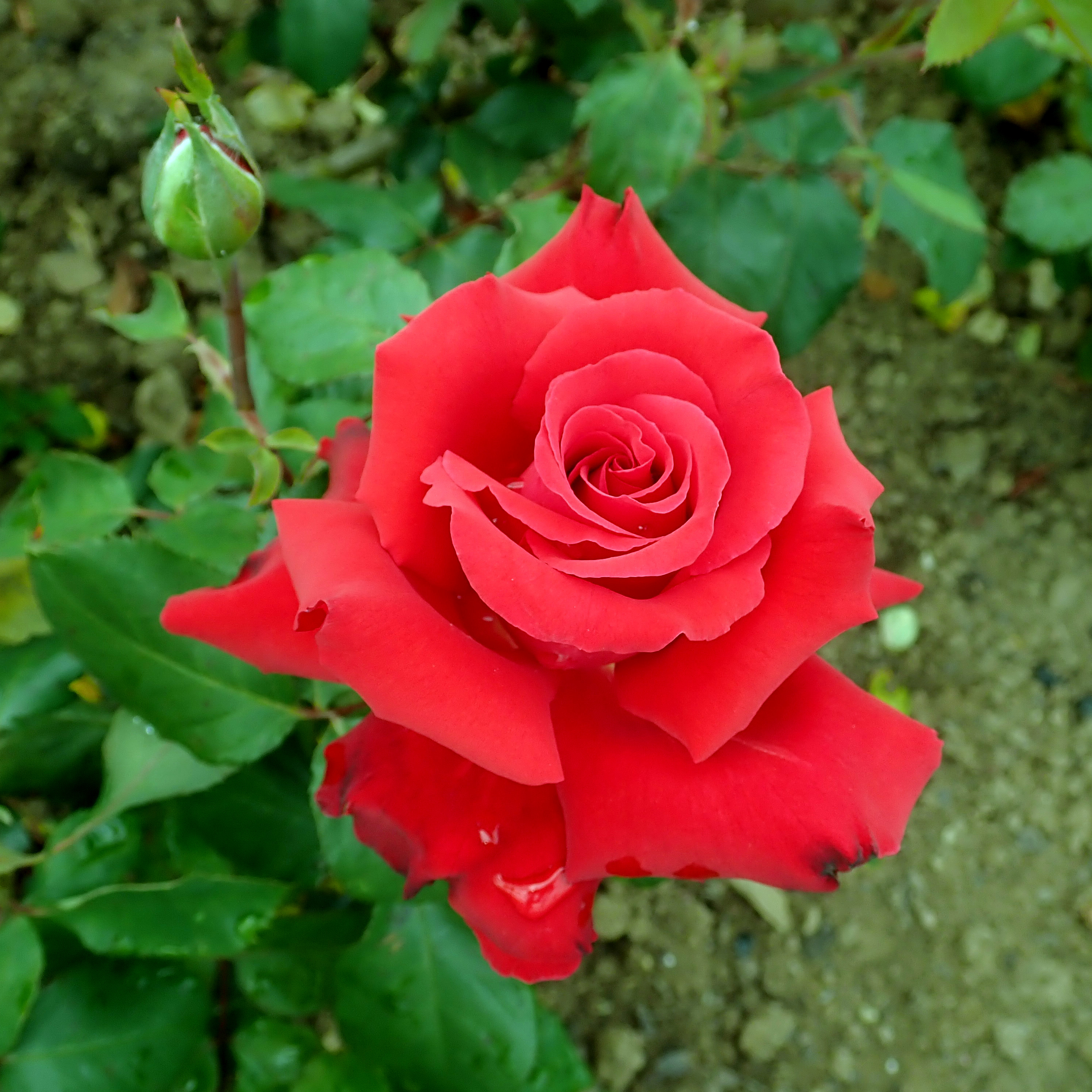
‘Grande Amore’, Kordes, 2004
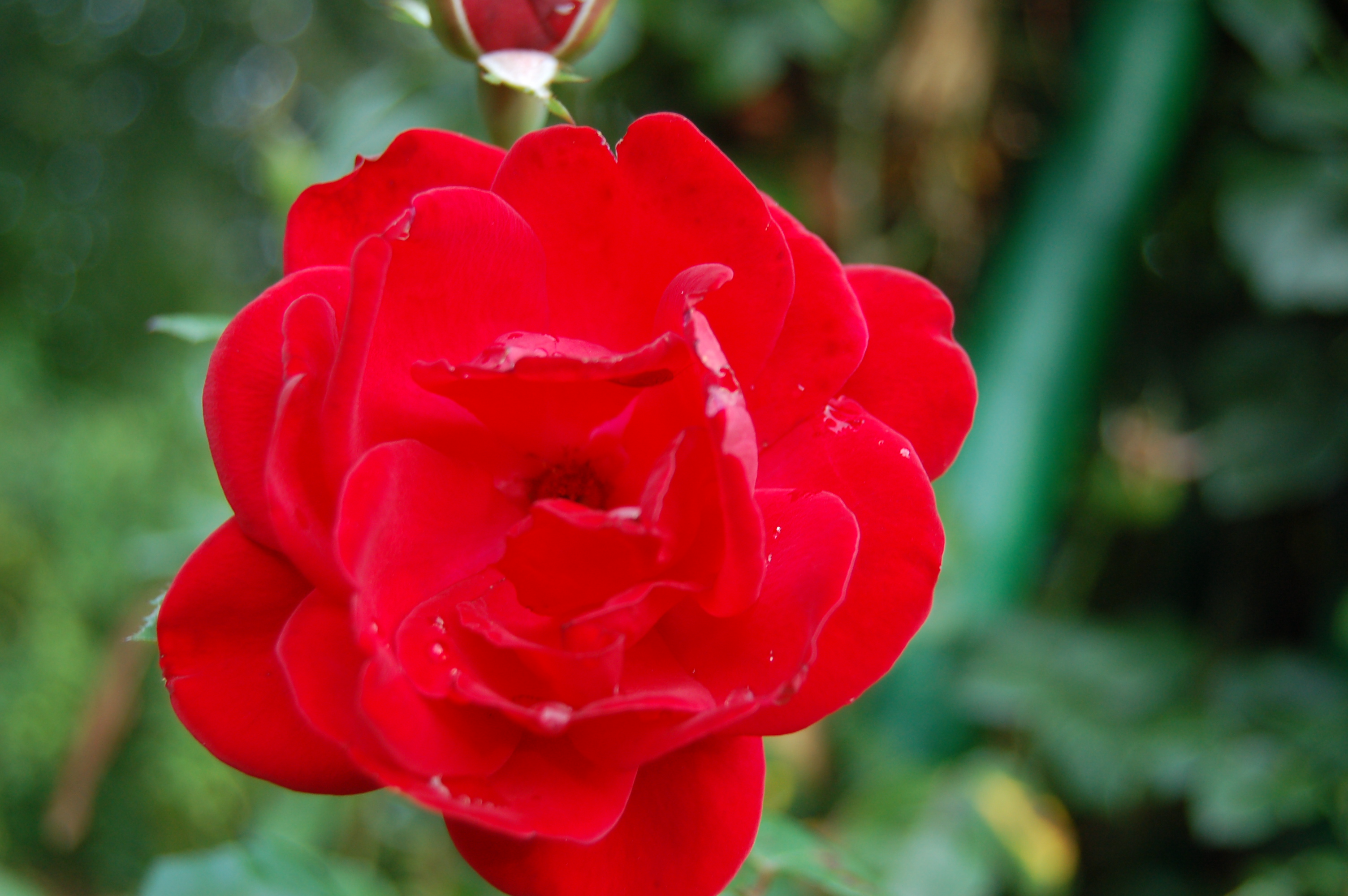
‘Grandhotel’, McGredy, 1978
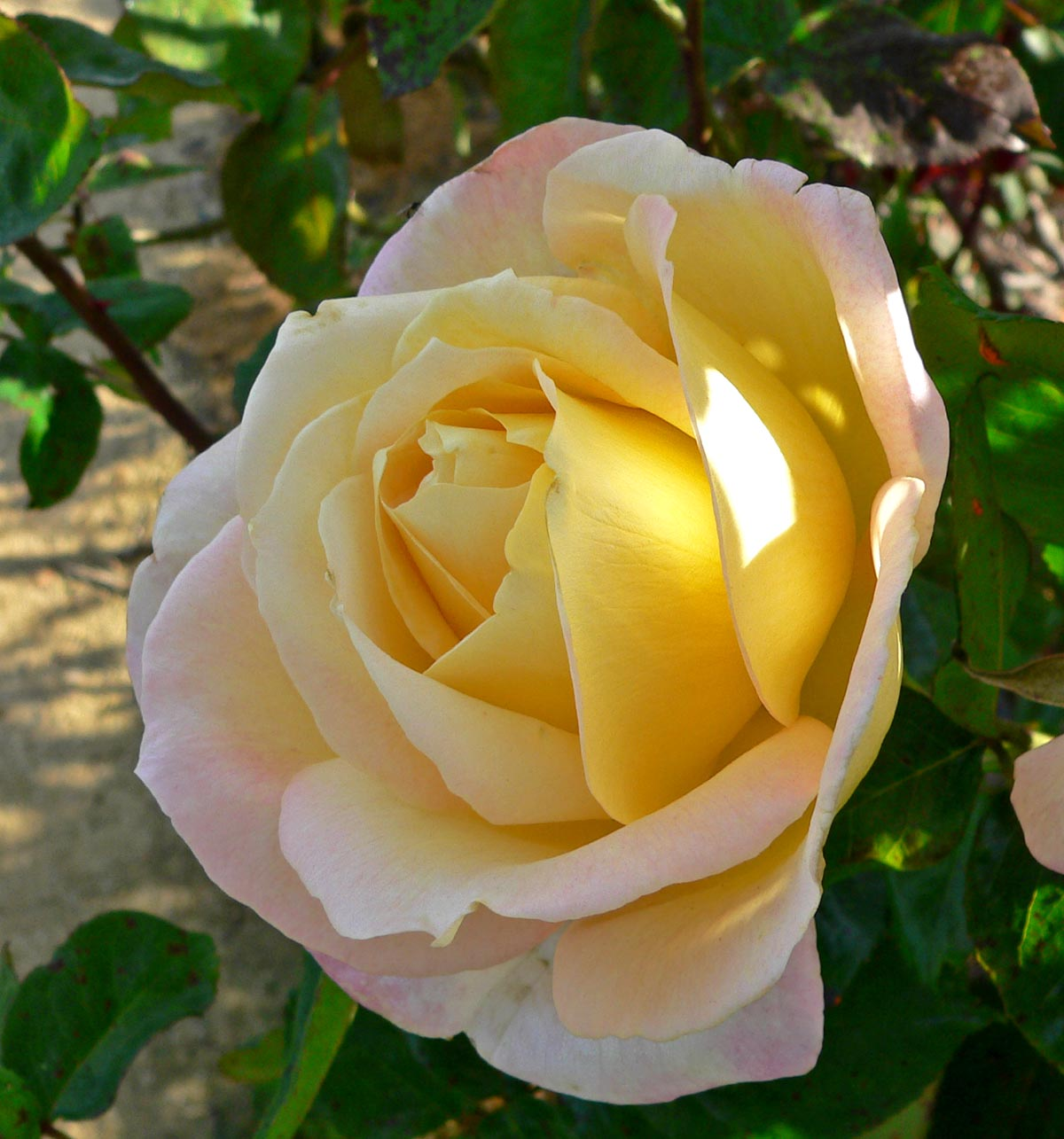
‘Grandmère Jenny’, Meilland, 1949
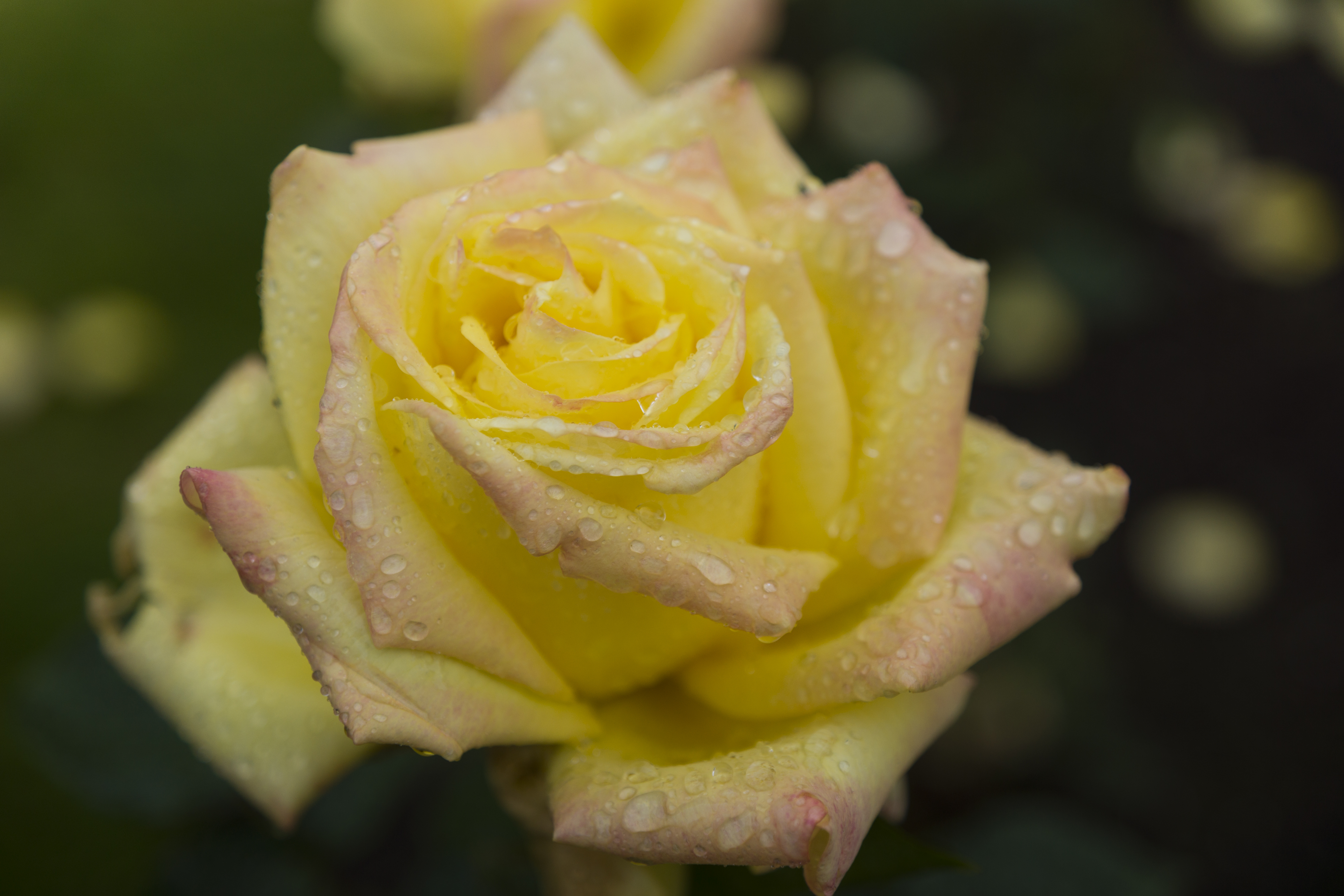
‘Grandpa Dickson’, Patrick Dickson, vor 1966
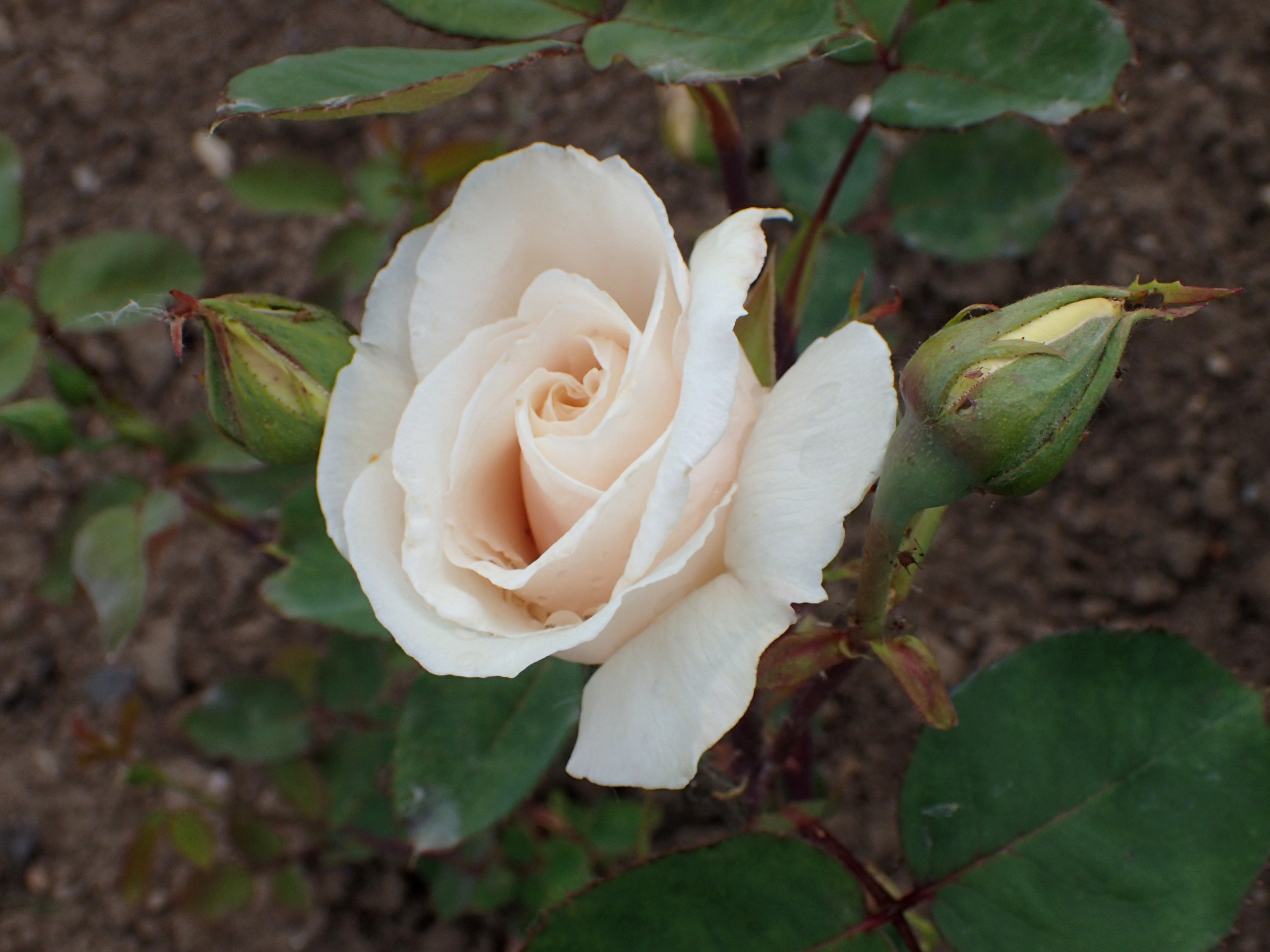
‘Grange Colombe’, Pierre Guillot, 1911
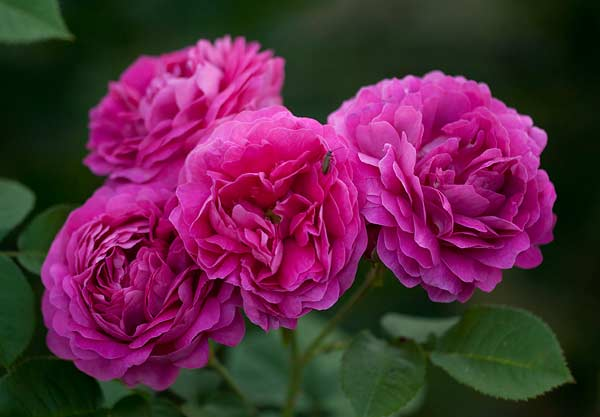
‘Great-Western’, Jean Laffay, 1838
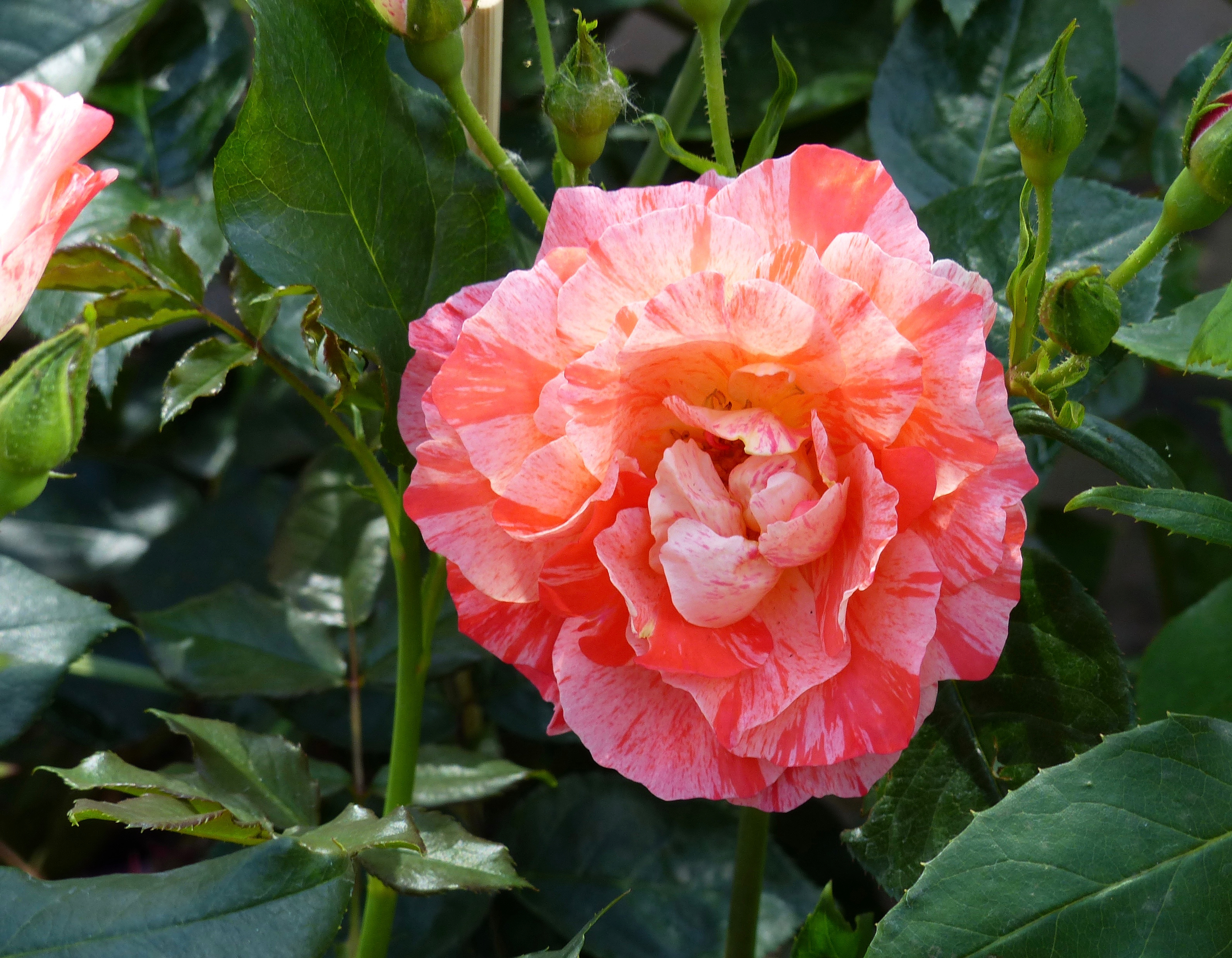
‘Grimaldi’, Delbard, 1990
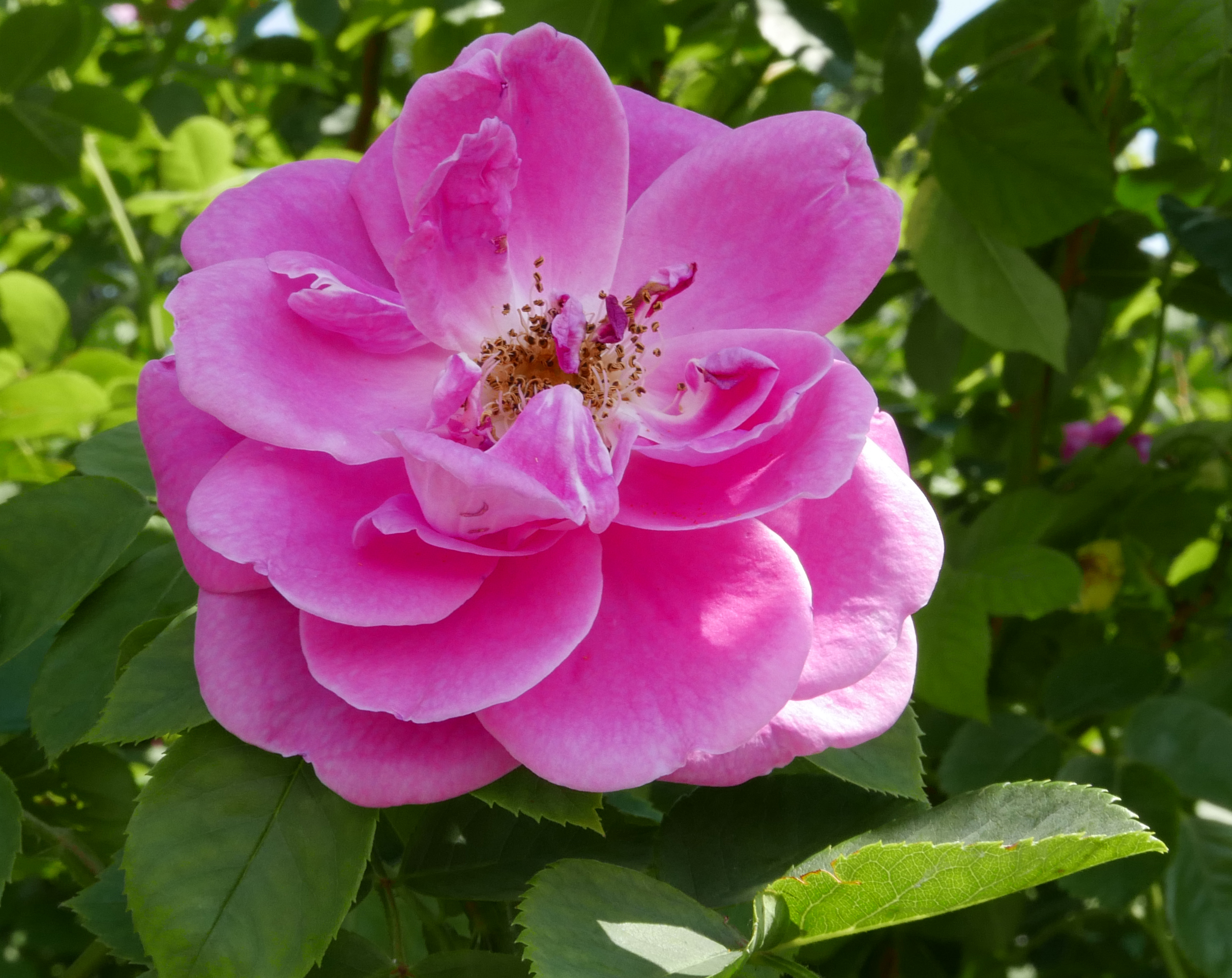
‘Griseldis’, Geschwind, 1895
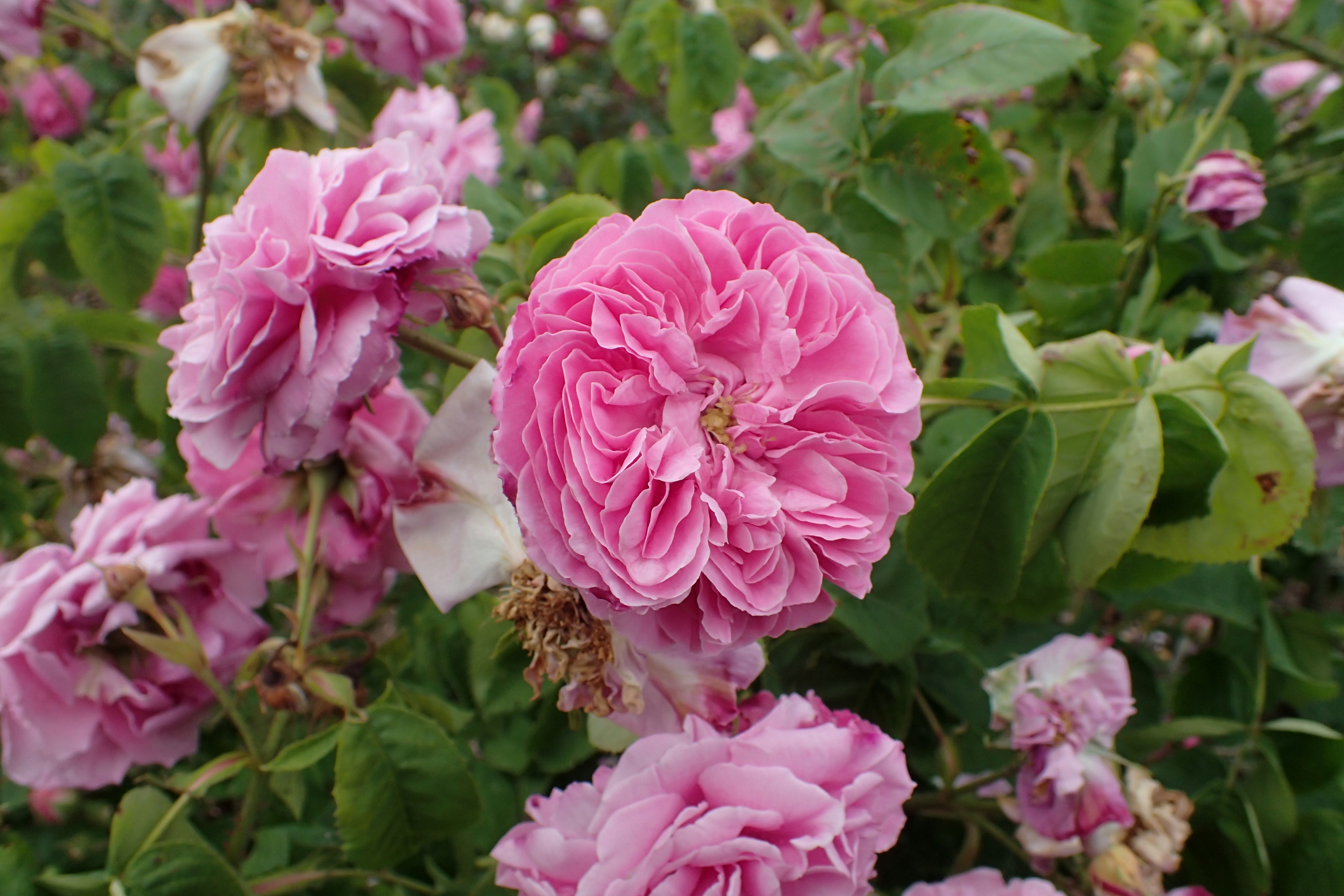
‘Gros Choux d’Hollande’, um 1589
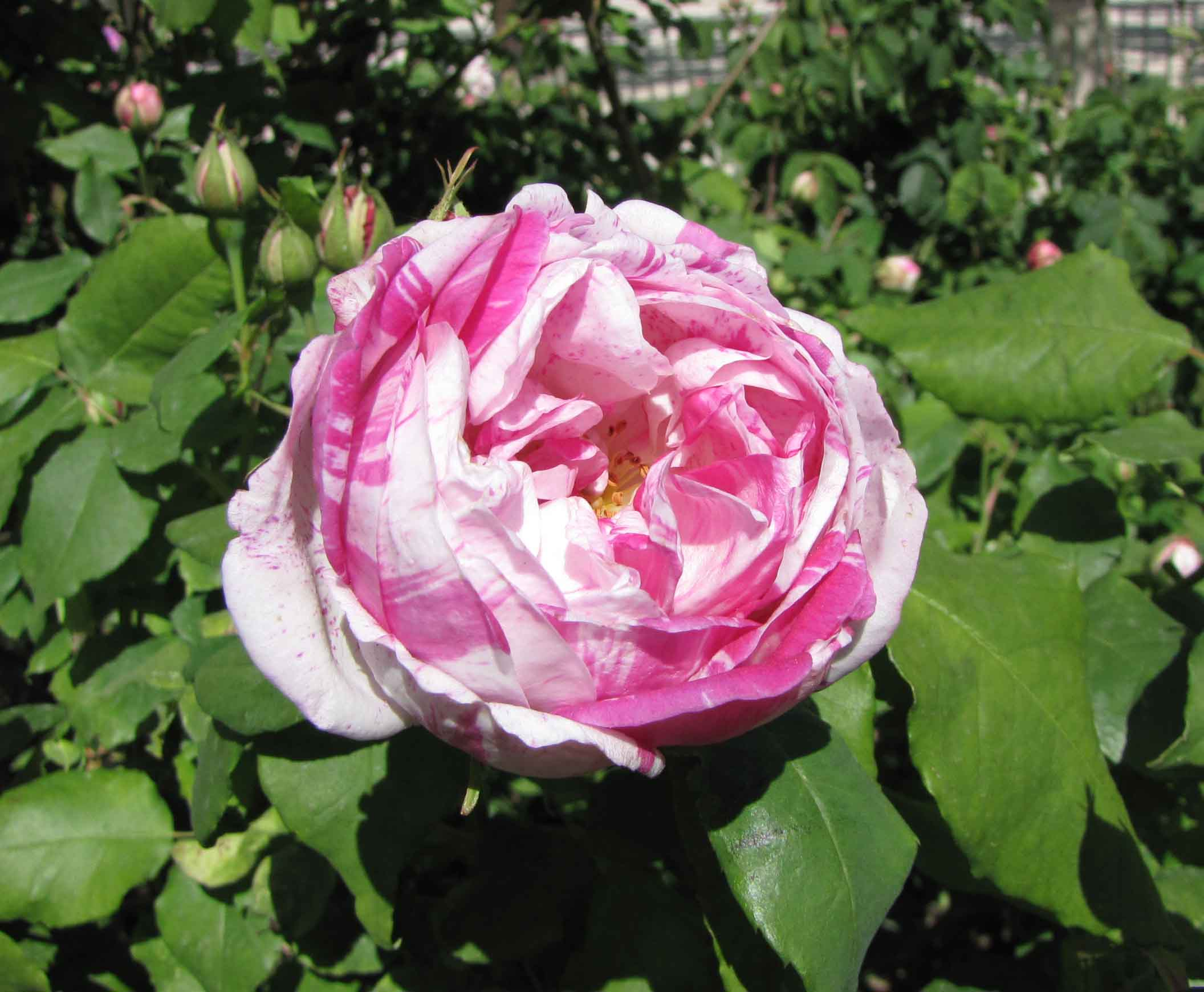
‘Gros Provins Panaché’, François Fontaine, vor 1855
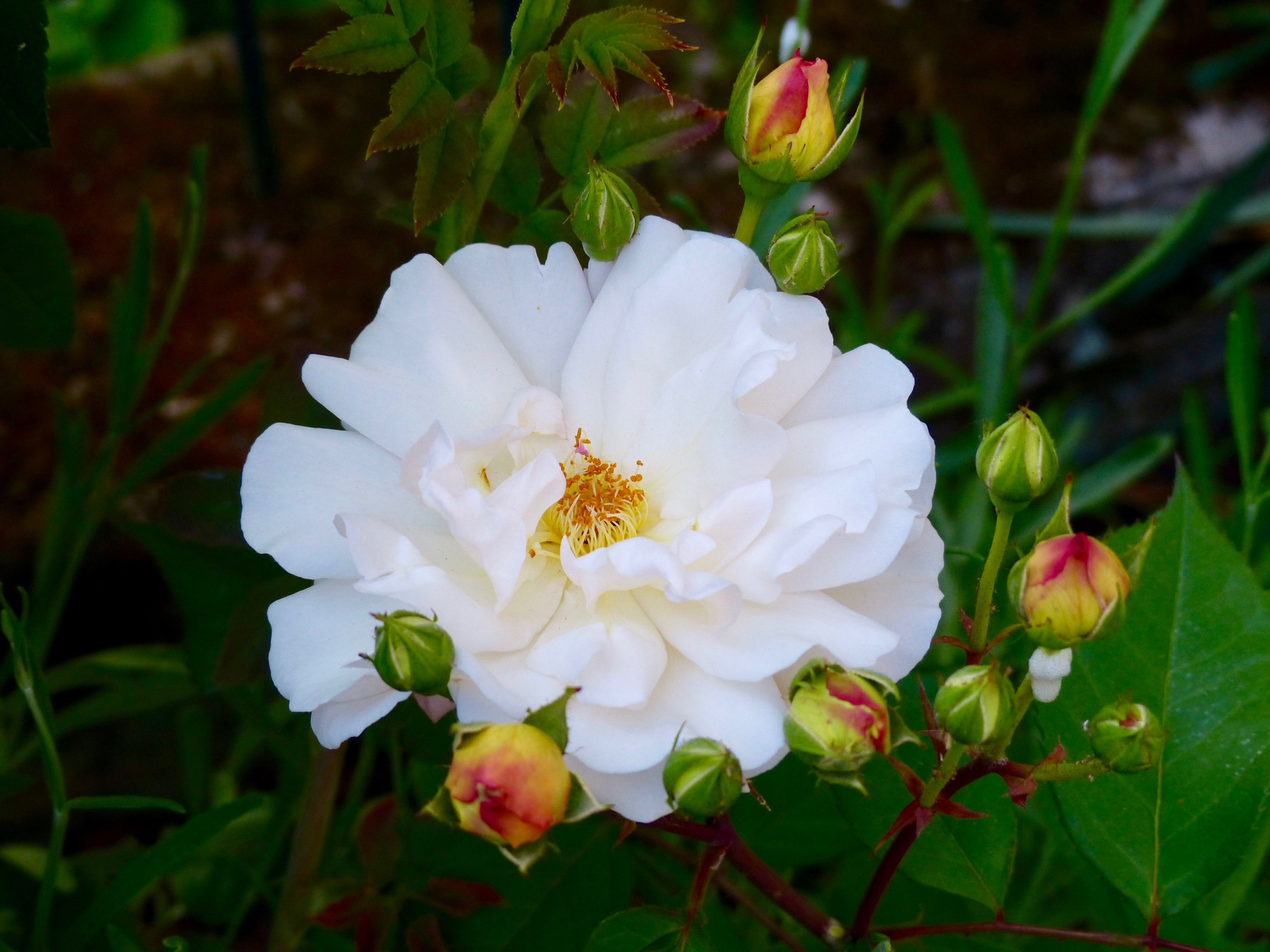
‘Gruß an Aachen’, Geduldig, 1909
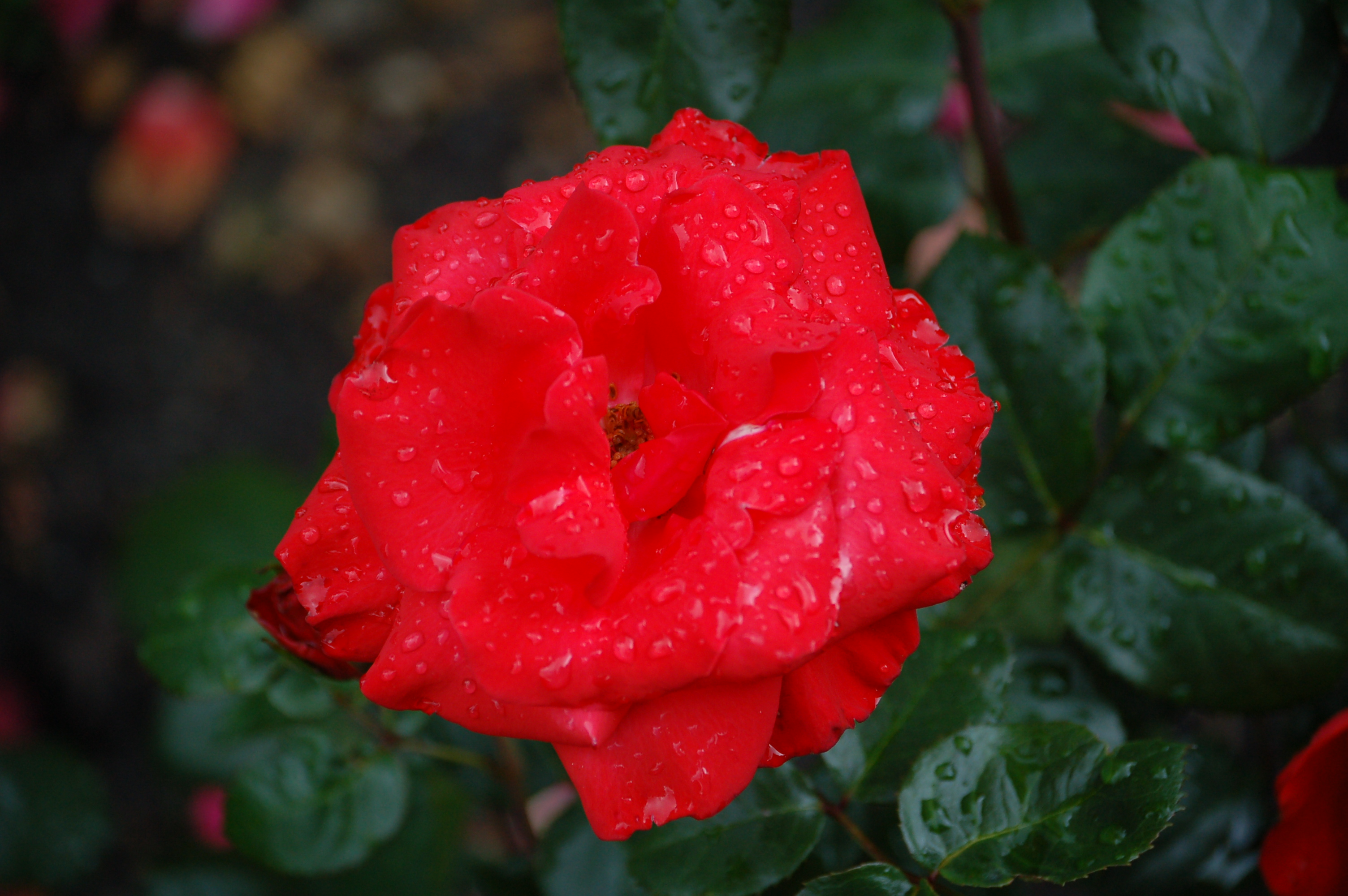
‘Gruß an Angeln’, Noack, 1986
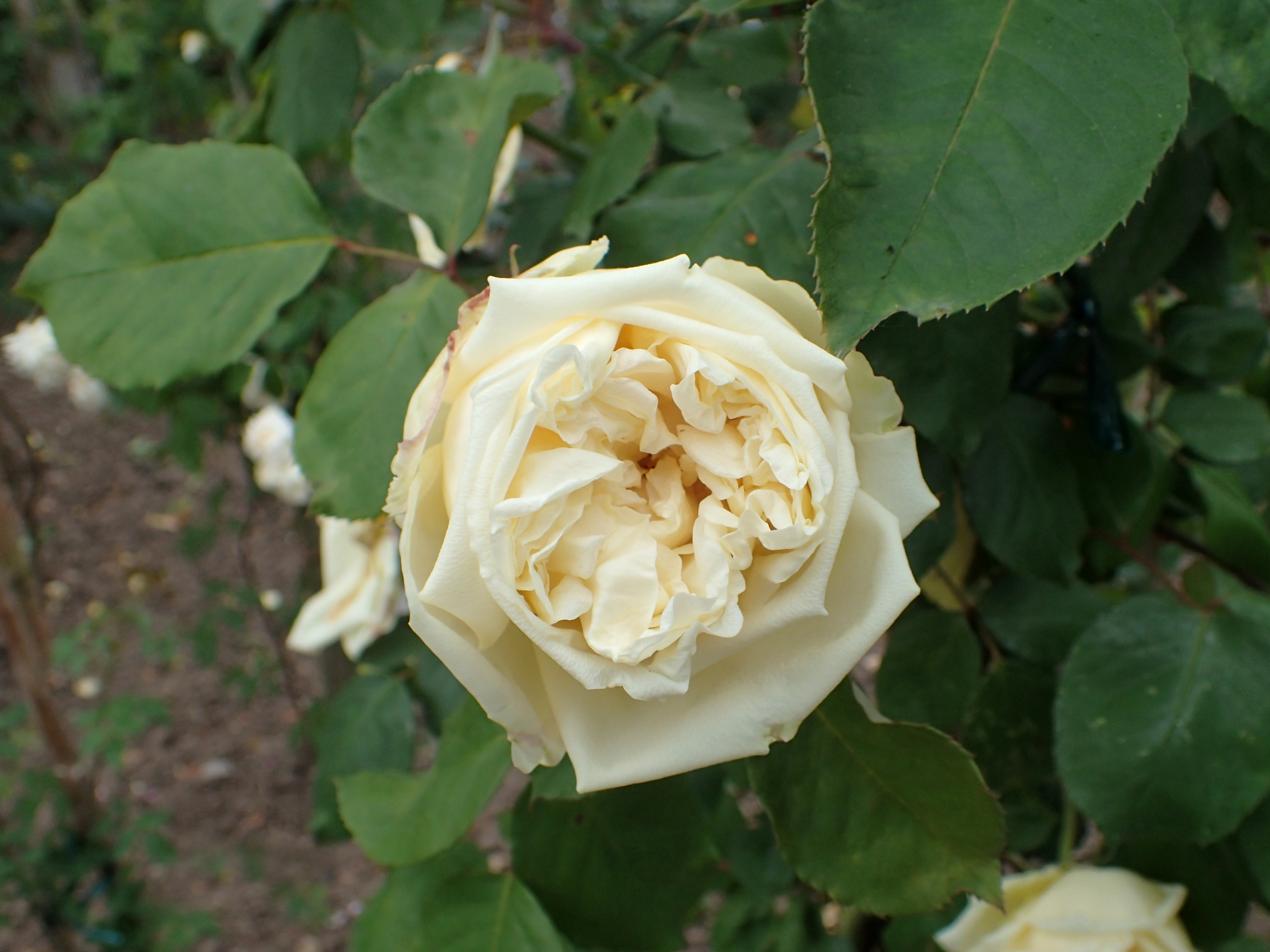
‘Gruß an Friedberg’, Rogmanns, 1902
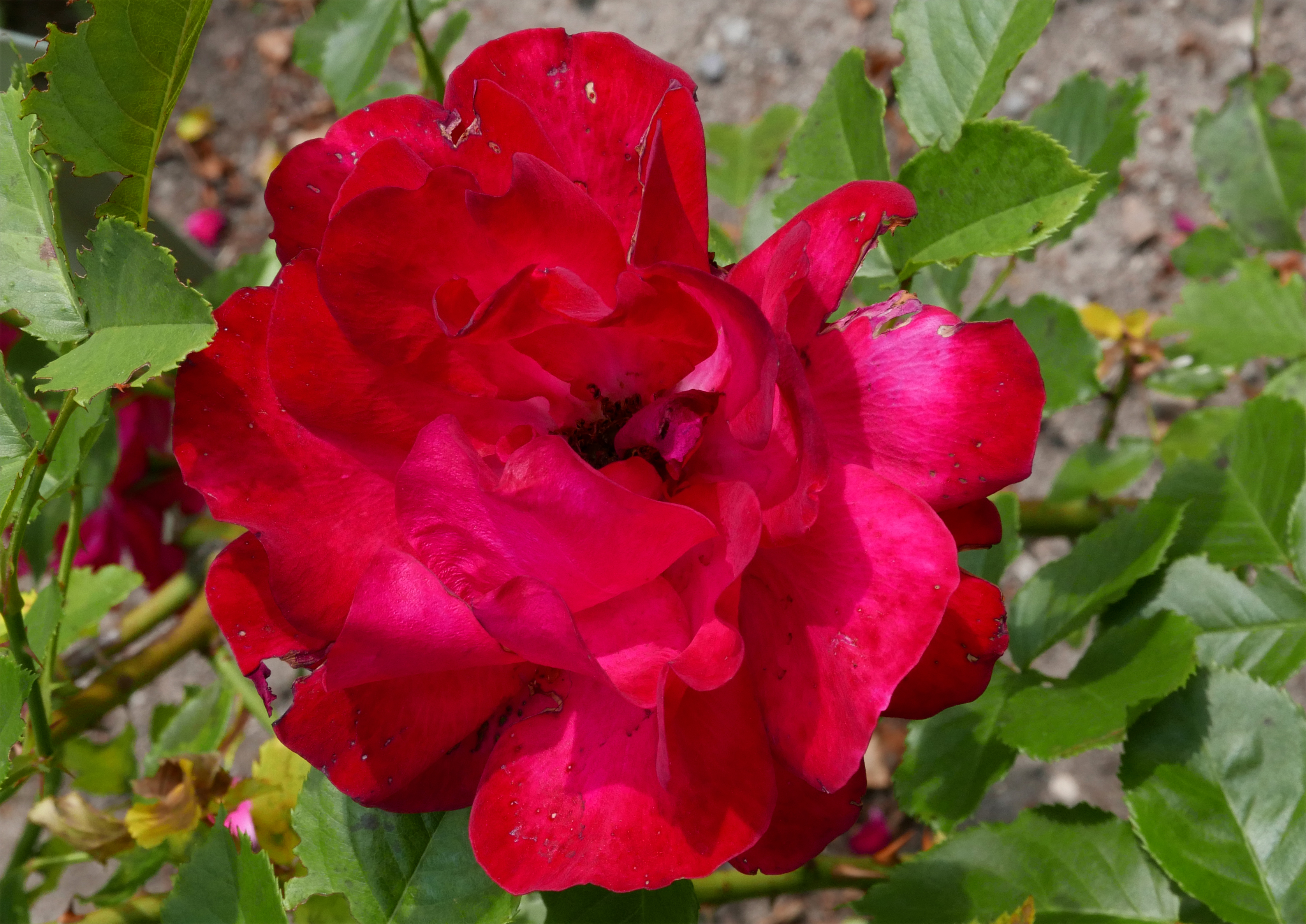
‘Gruß an Heidelberg’, Kordes, 1959
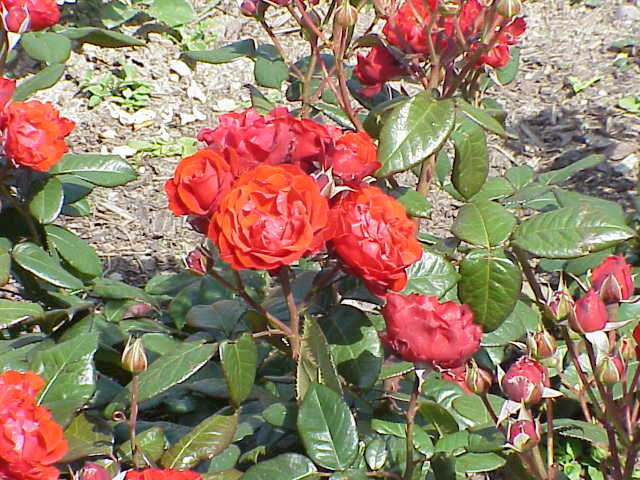
‘Gruß an Helgoland’, Haenchen, 1990
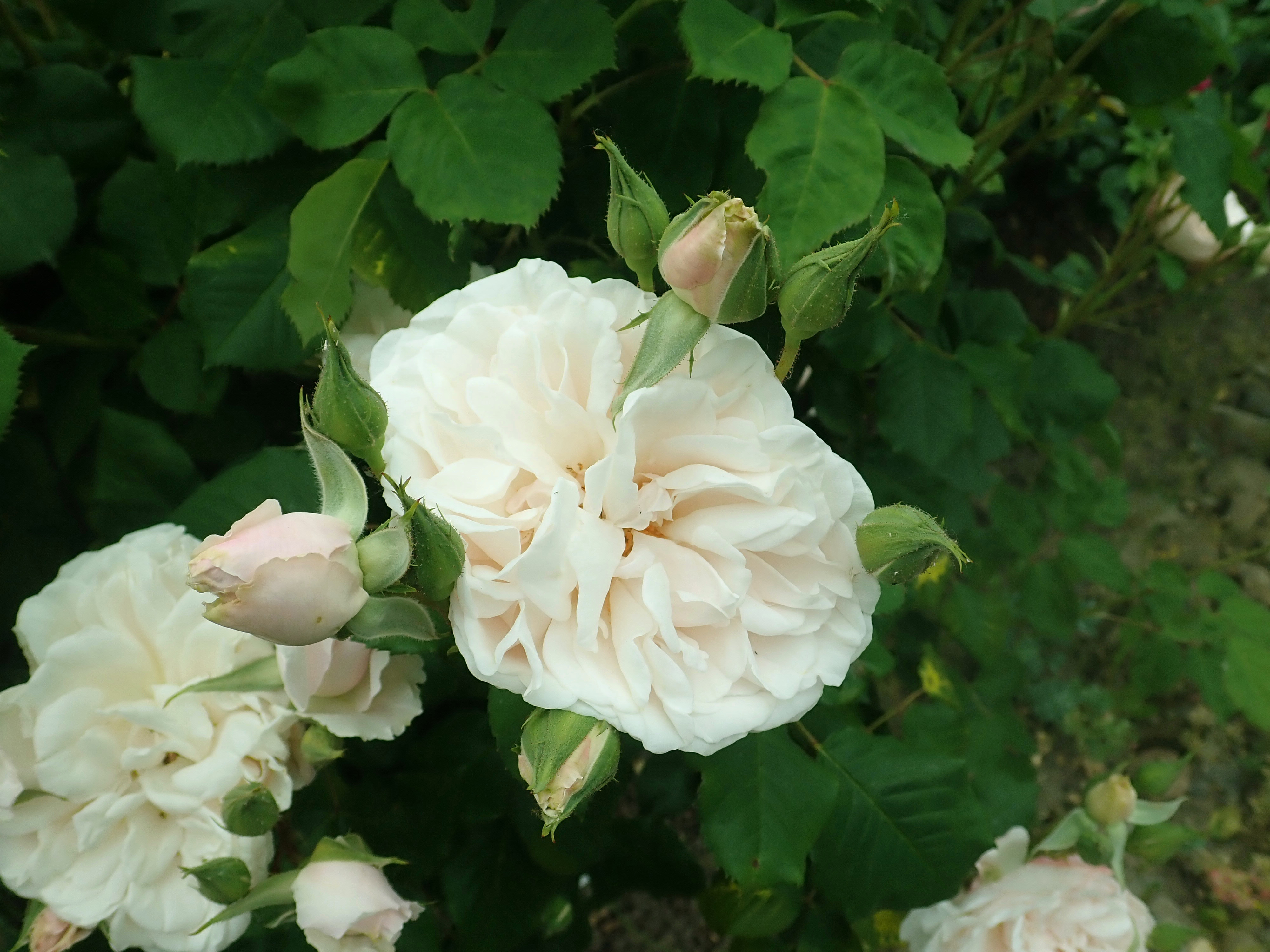
‘Gruß an Labenz’, Hans Jürgen Weihrauch, 2003
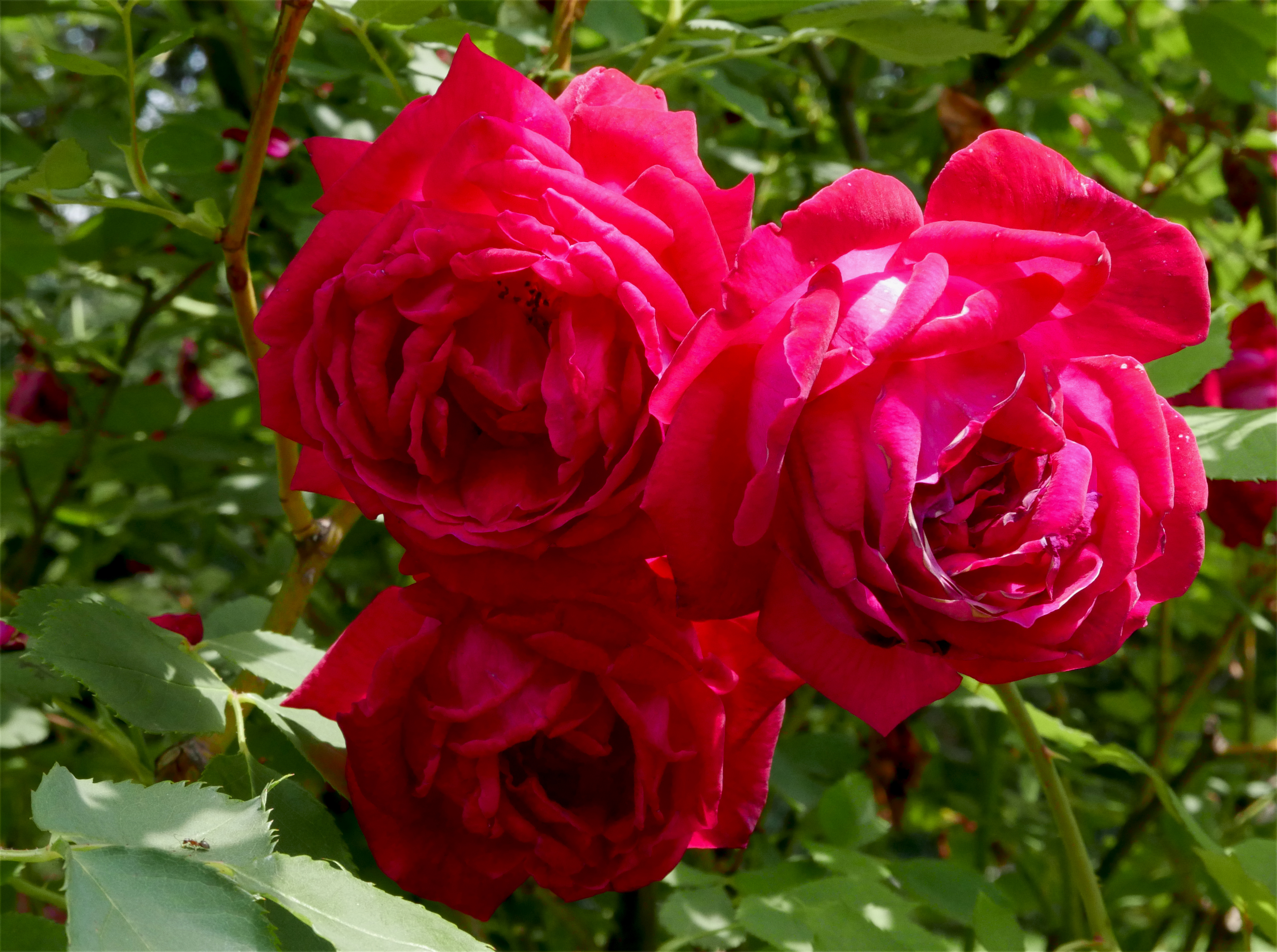
‘Gruß an Teplitz’, Geschwind, 1897
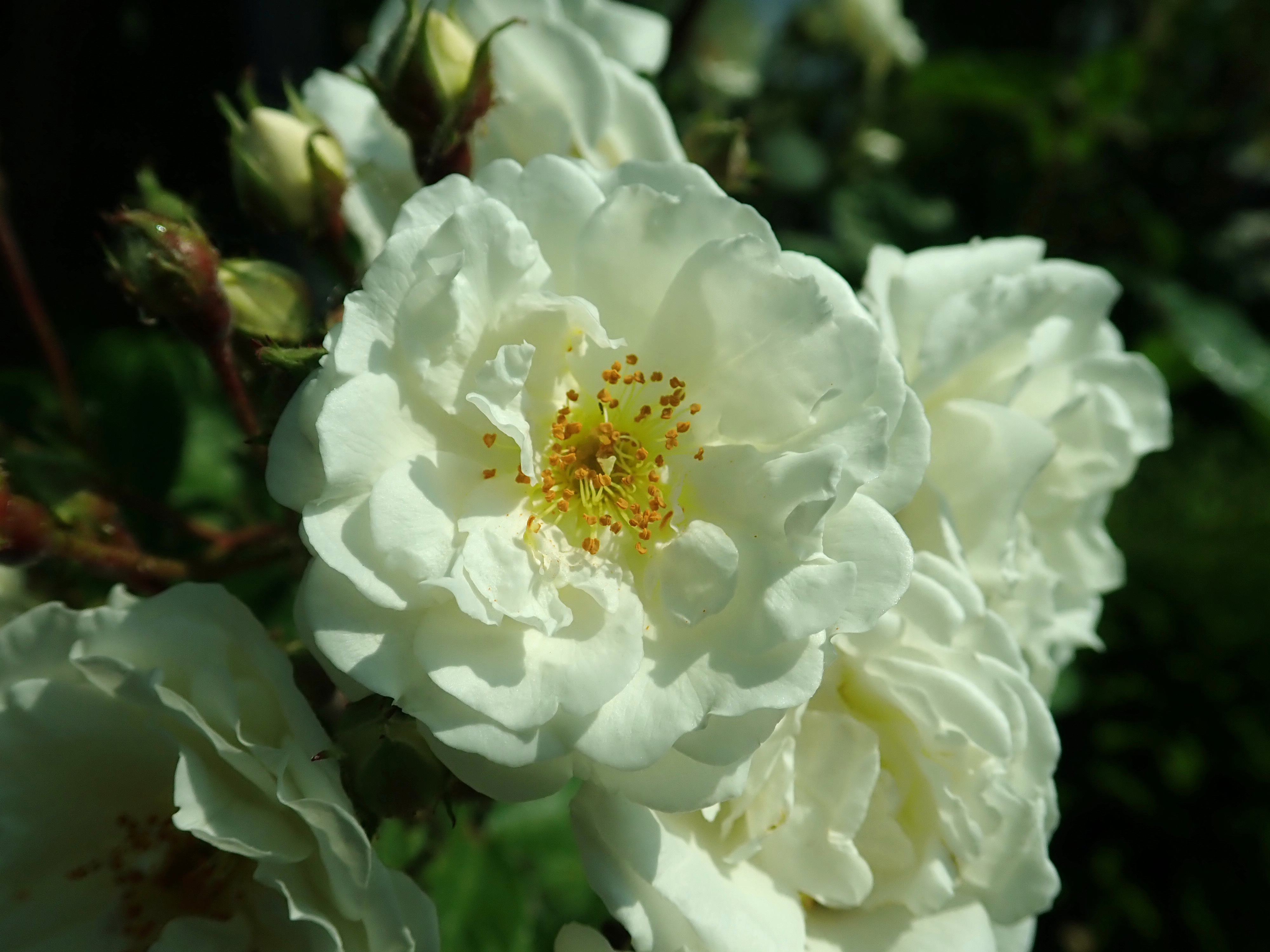
‘Gruß an Zabern’, Peter Lambert, 1903
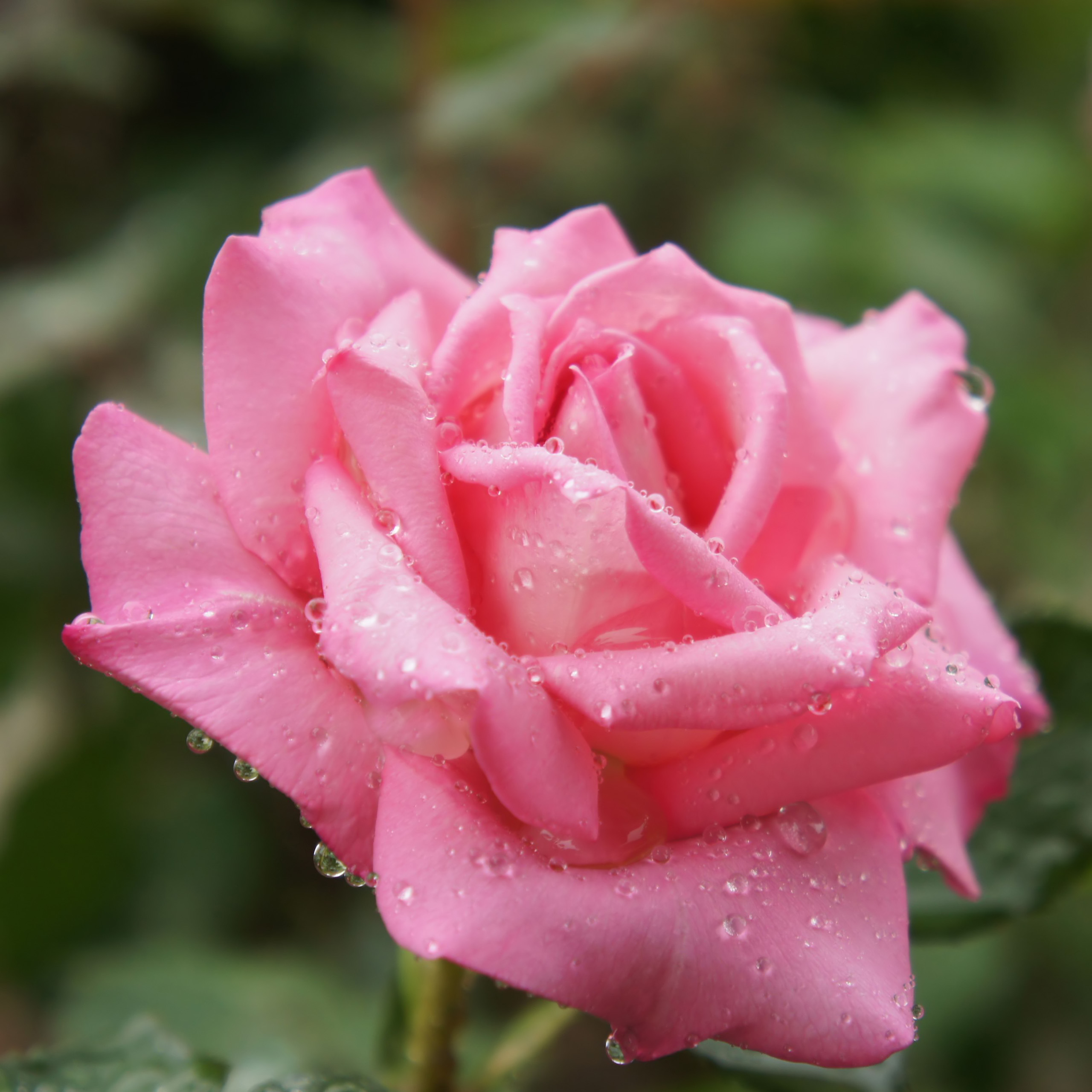
‘Guinevere’, Harkness, 1962
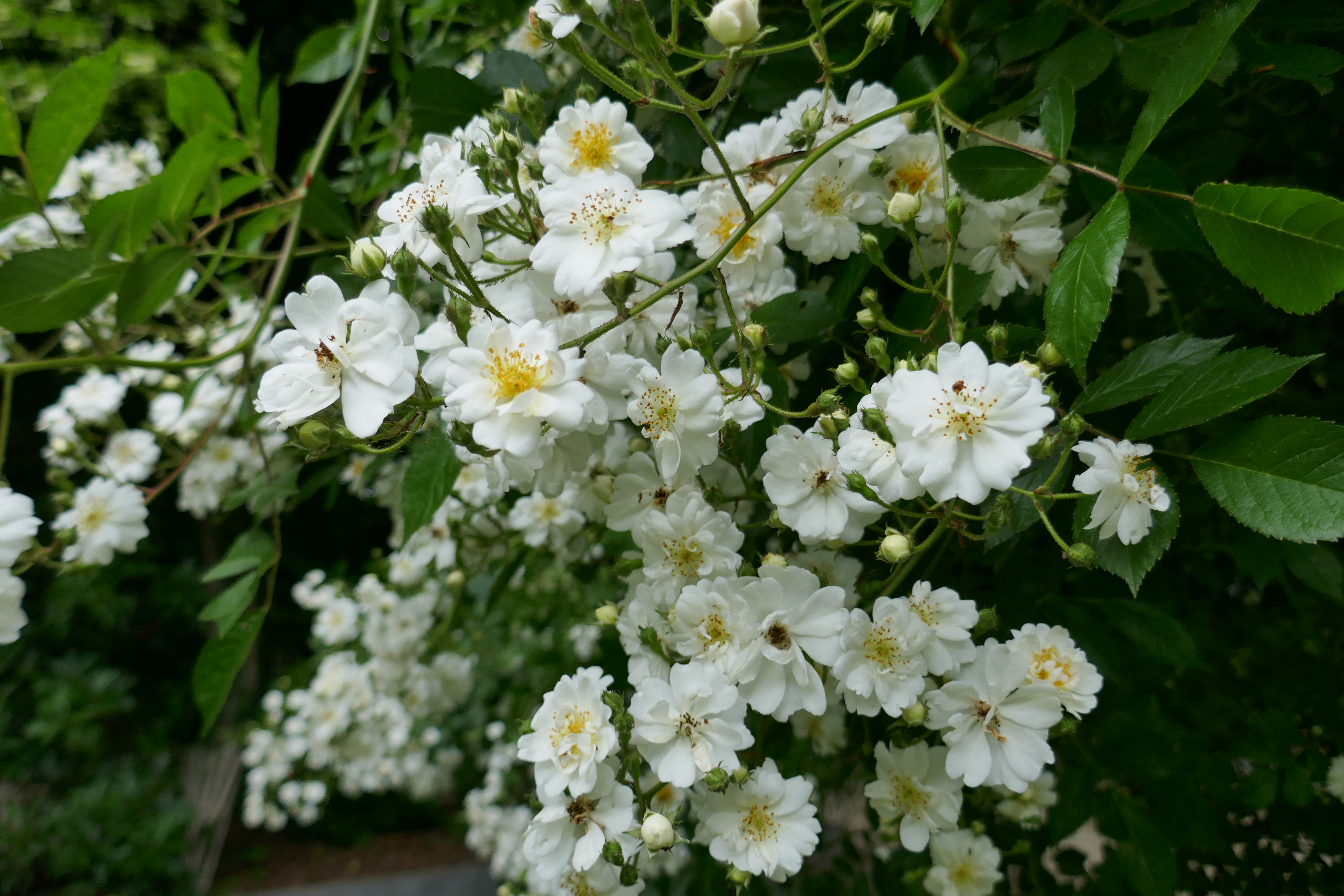
‘Guirlande d’Amour’, Louis Lens, 1993
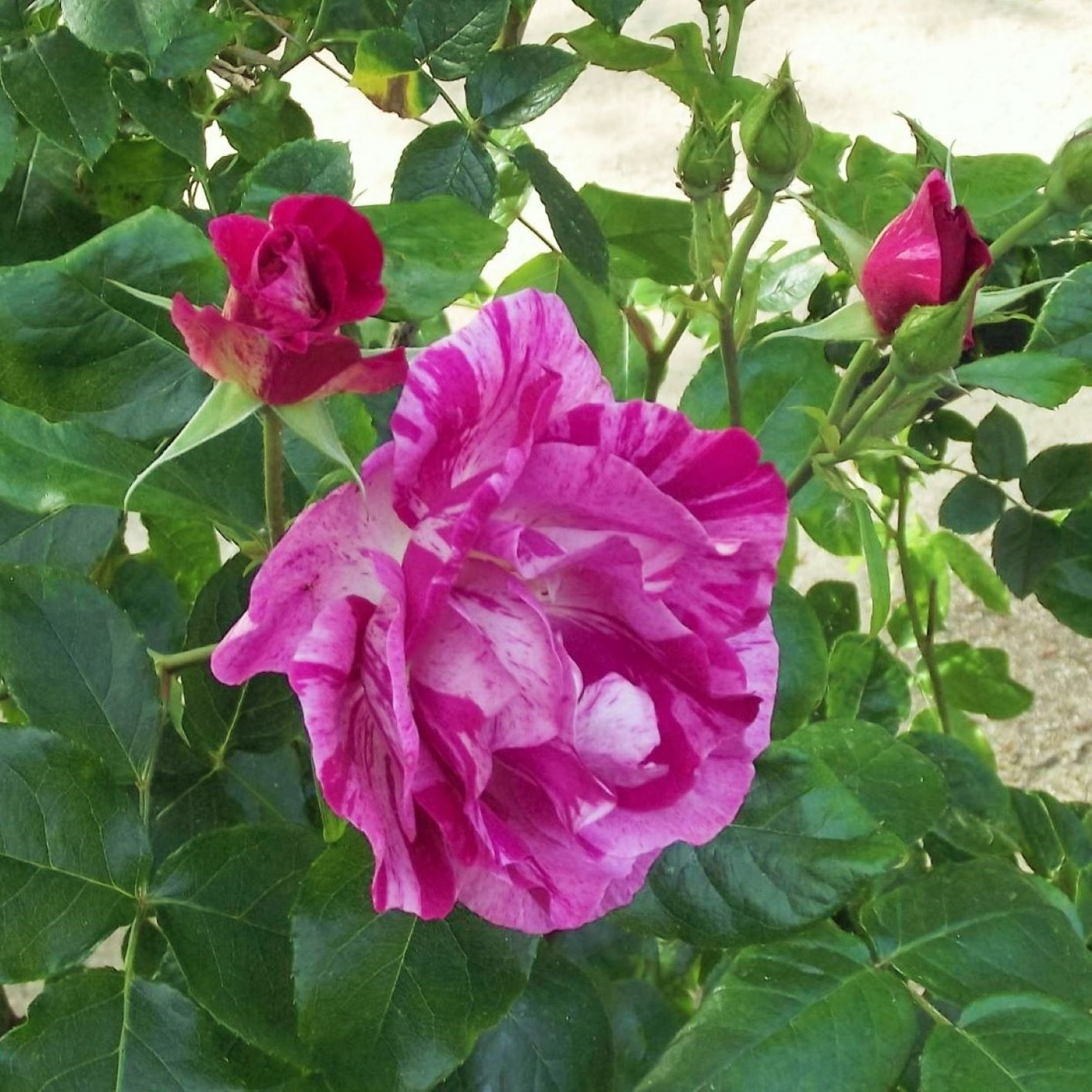
‘Guy Savoy’, Delbard, 1994
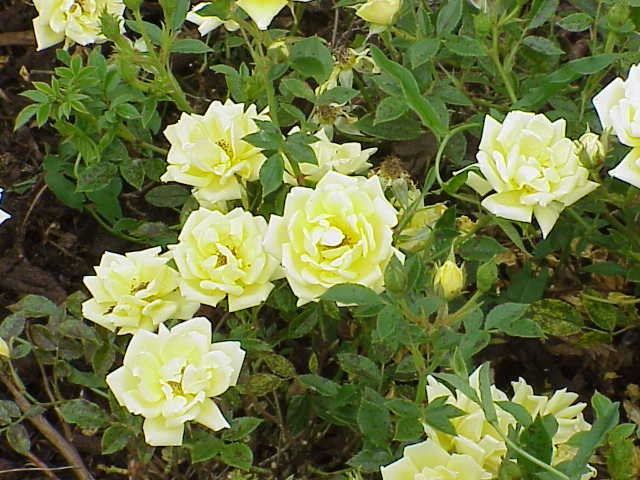
‘Guletta’, de Ruiter, 1976
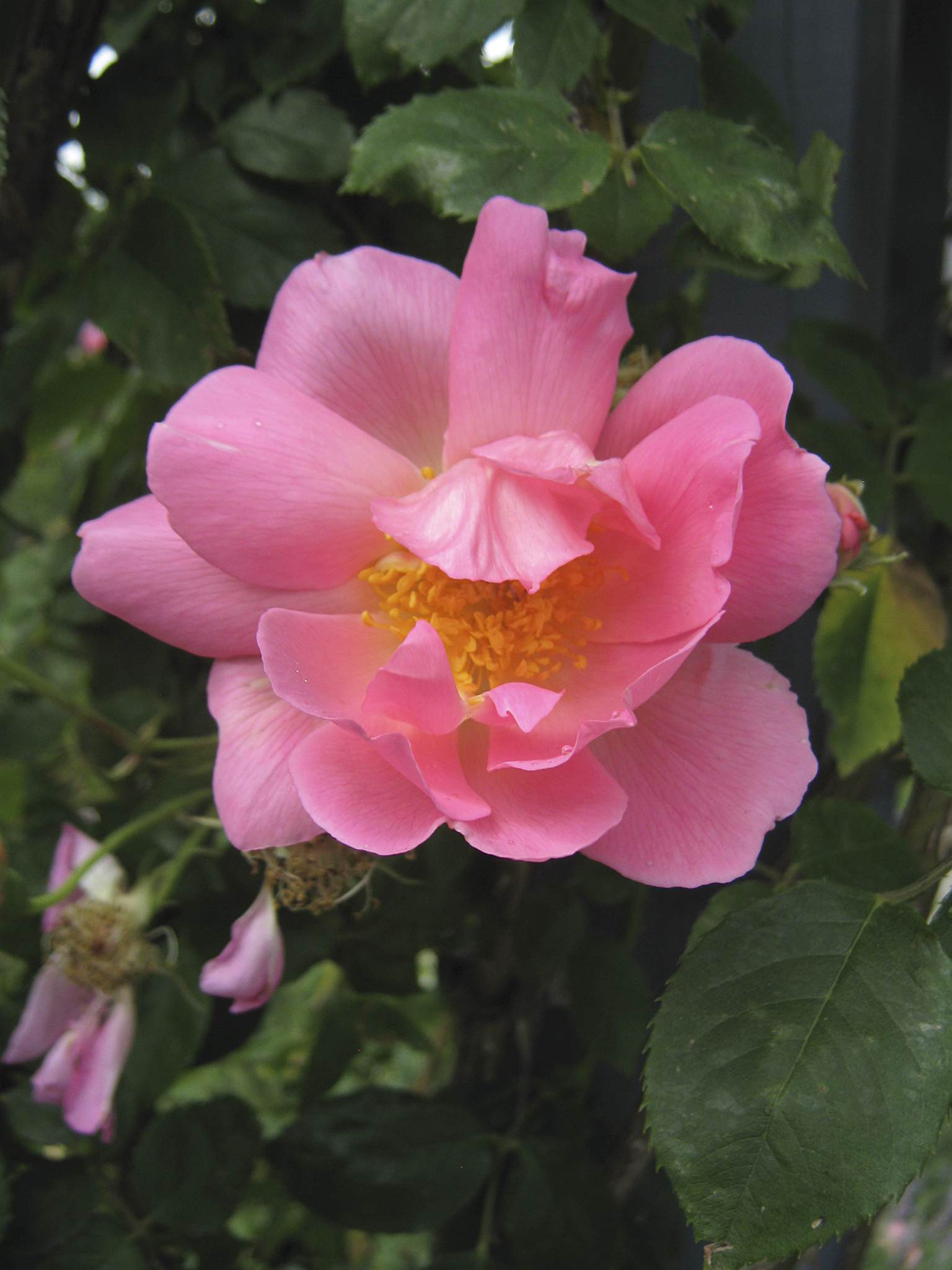
‘Gwen Nash’, Alister Clark, 1920
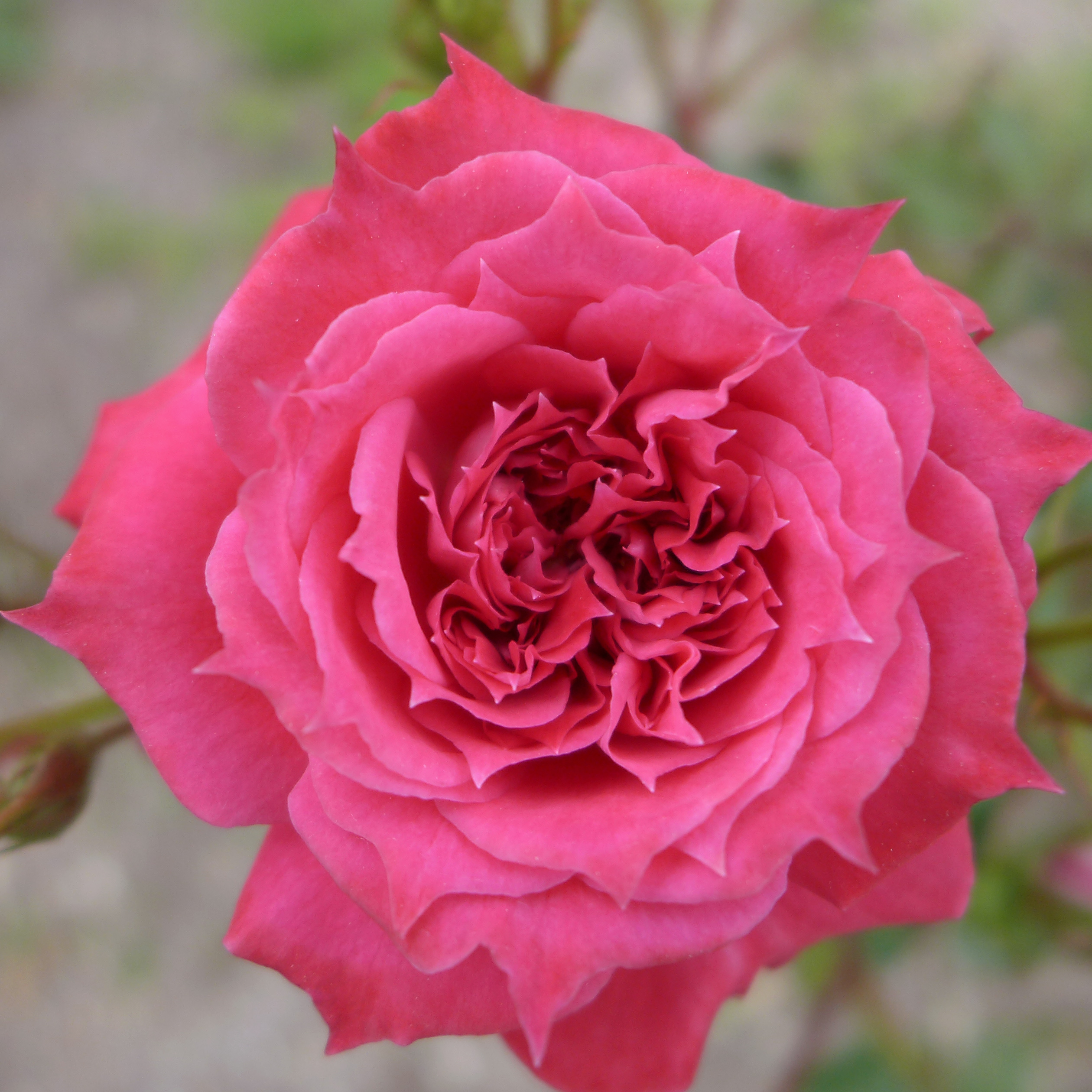
‘Gypsy Jewel’, Ralph S. Moore, 1975

## H

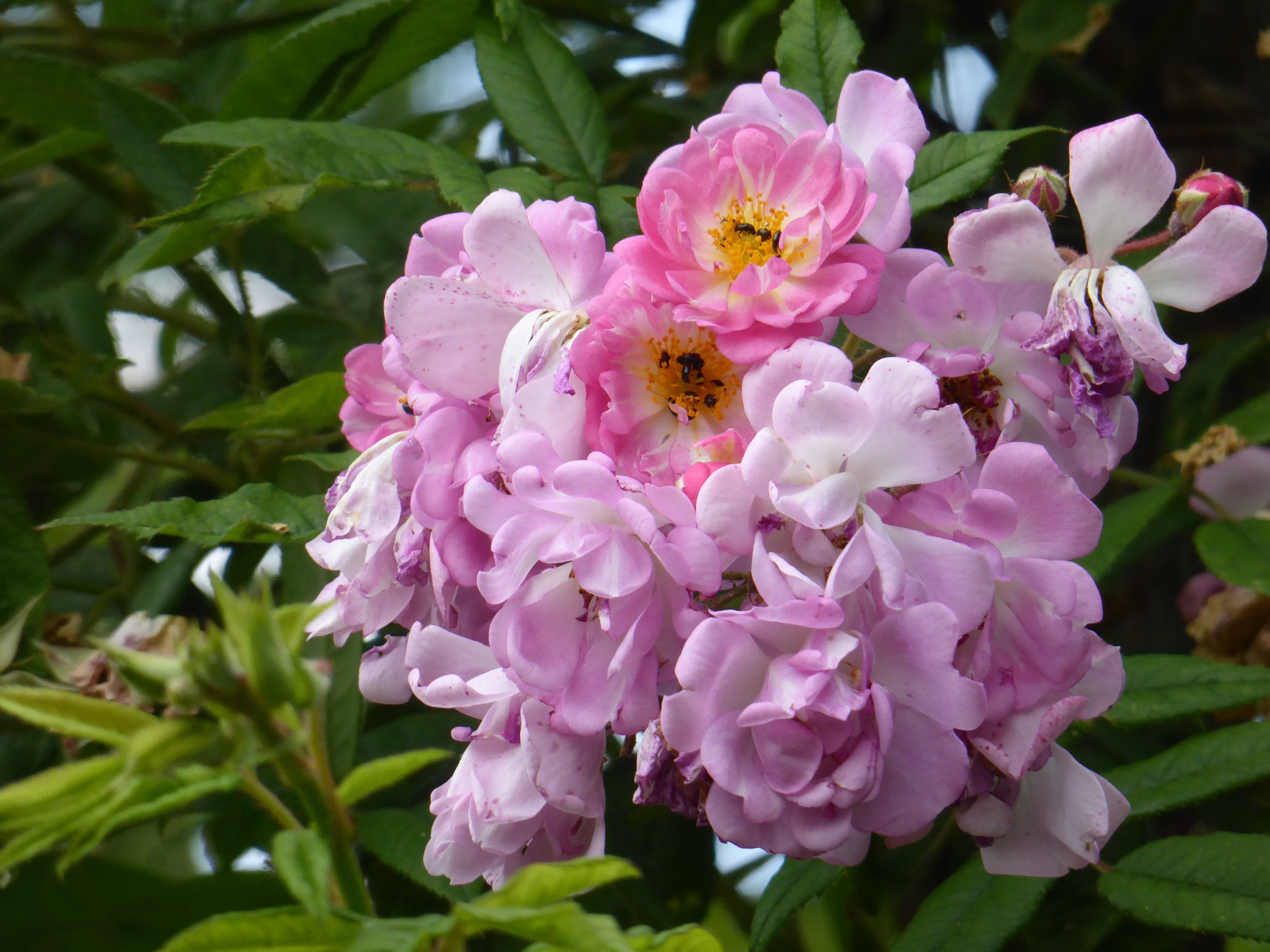
‘Hackeburg’, Kiese, 1912
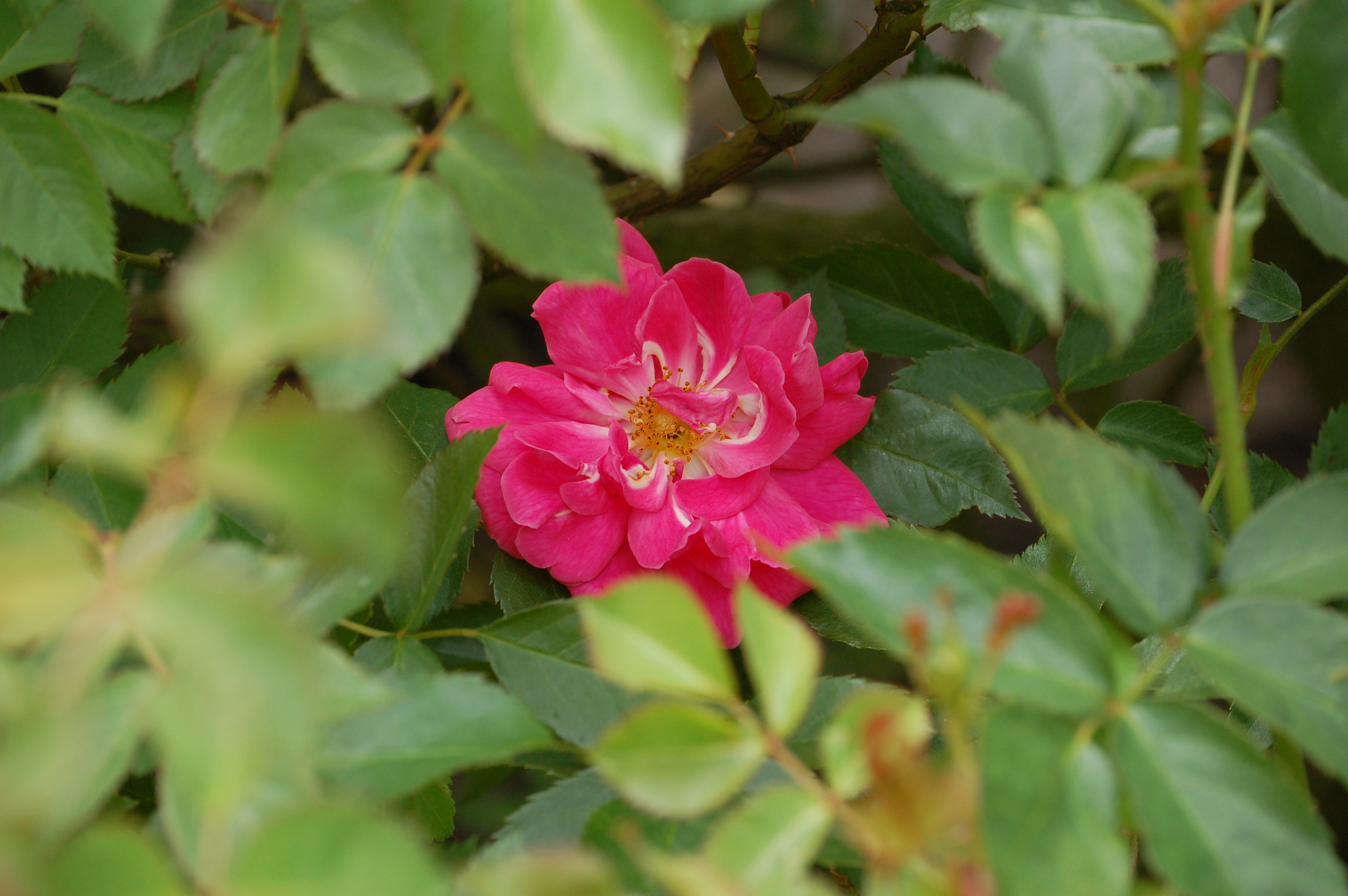
‘Hagenbeck’s Tierpark’, Meilland, 1995
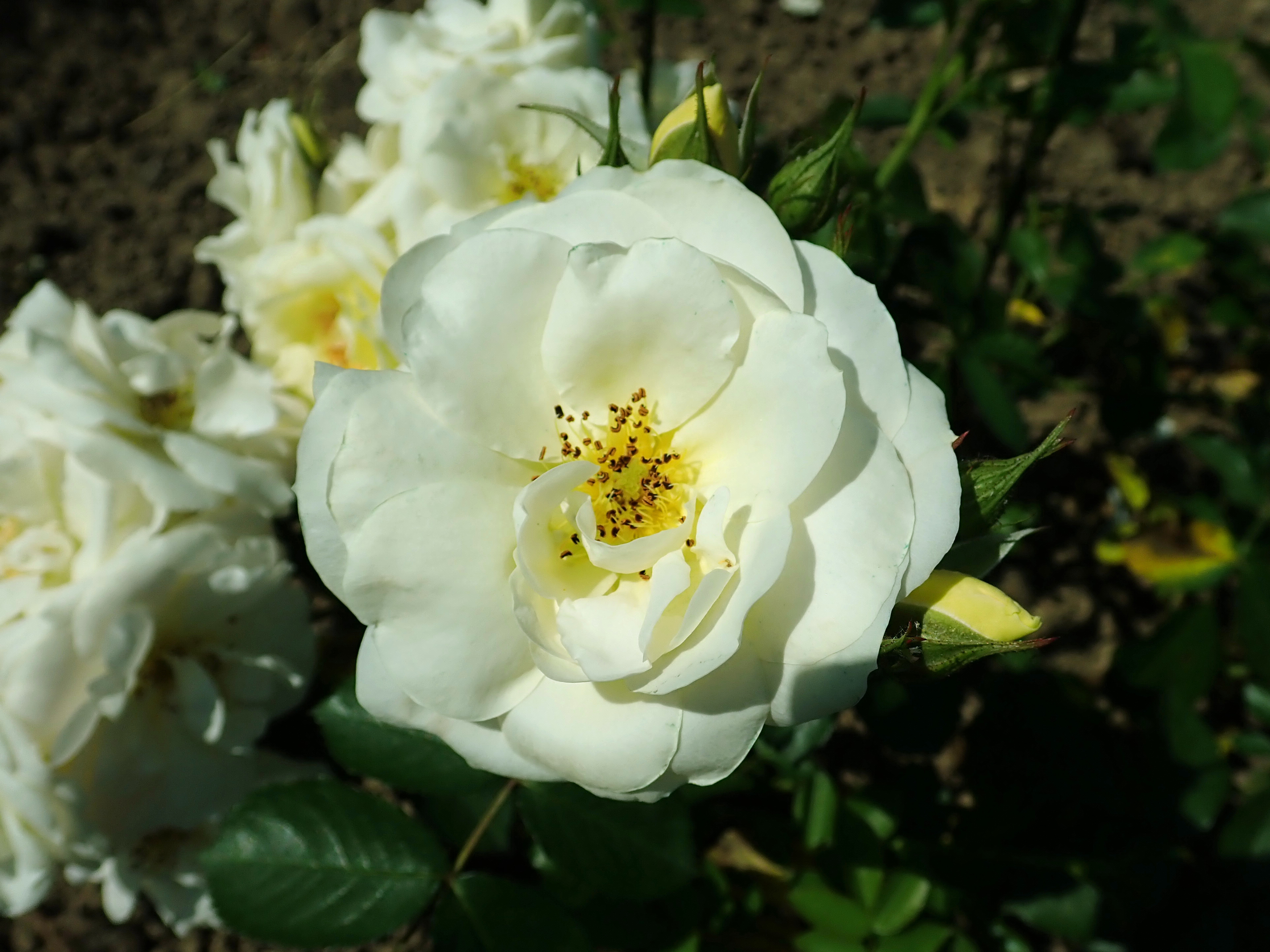
‘Hakuun’, Poulsen, 1962
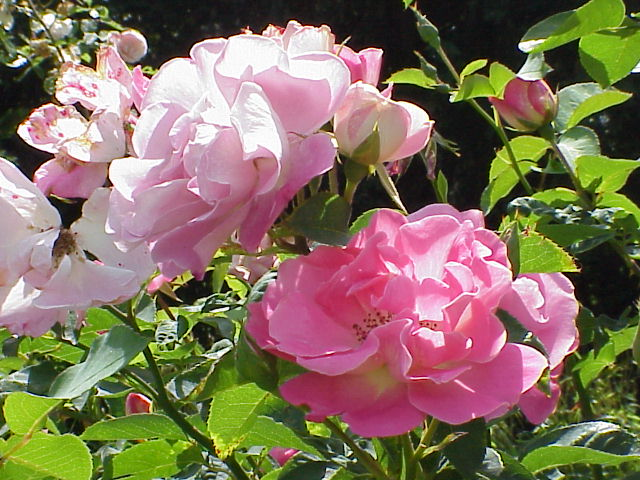
‘Halali’, M. Tantau jun., 1956
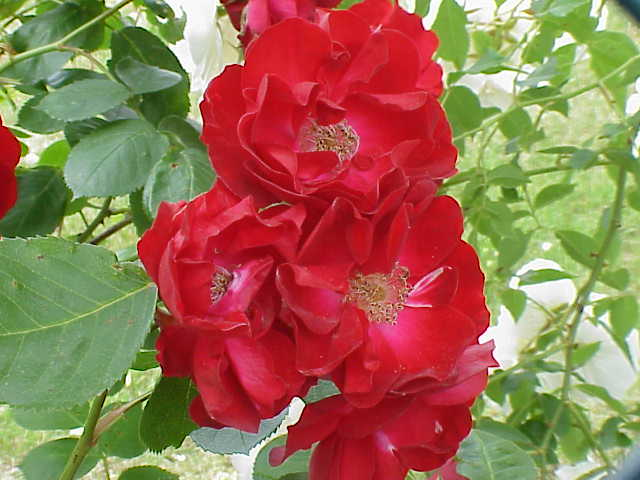
‘Hamburg’, Kordes, 1935
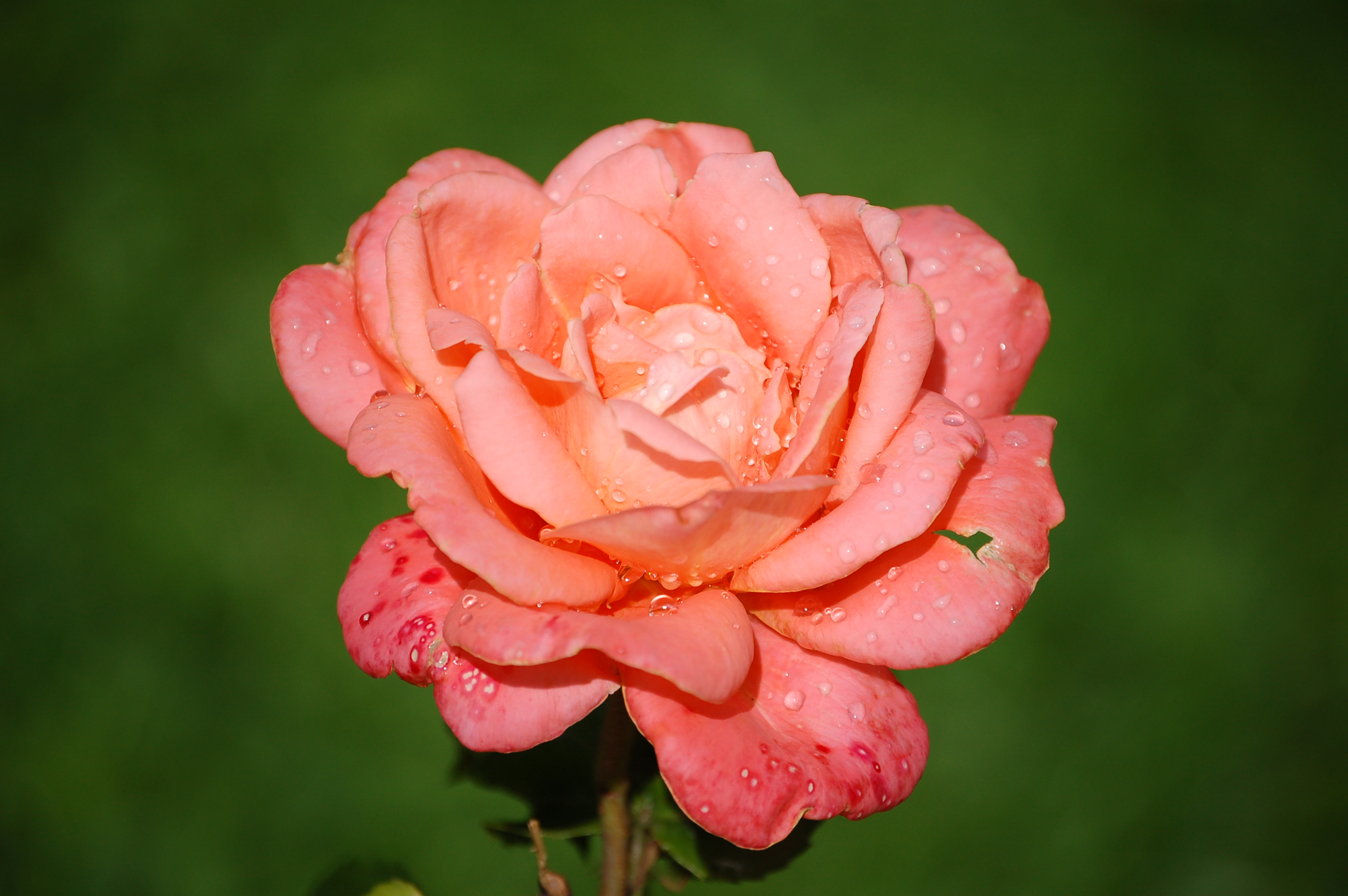
‘Hamburger Deern’, Kordes, 1997
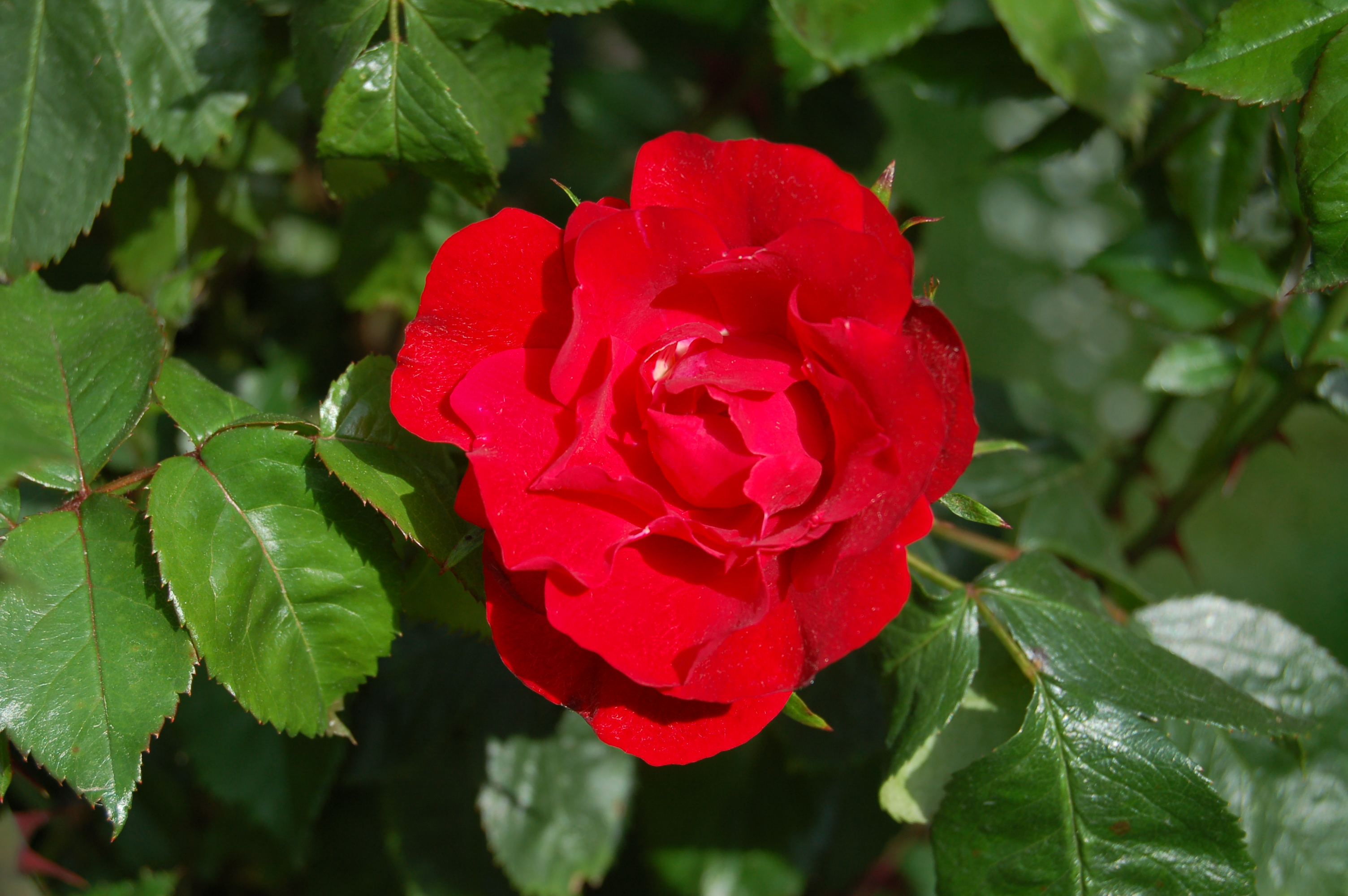
‘Hamburger Phönix’, Kordes, 1954
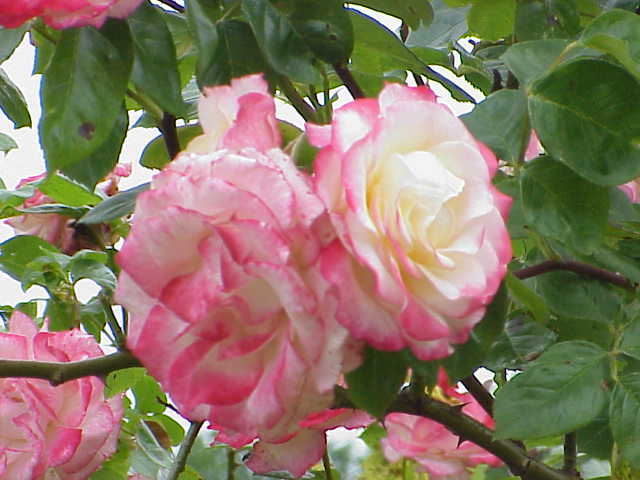
‘Händel’, McGredy, 1965
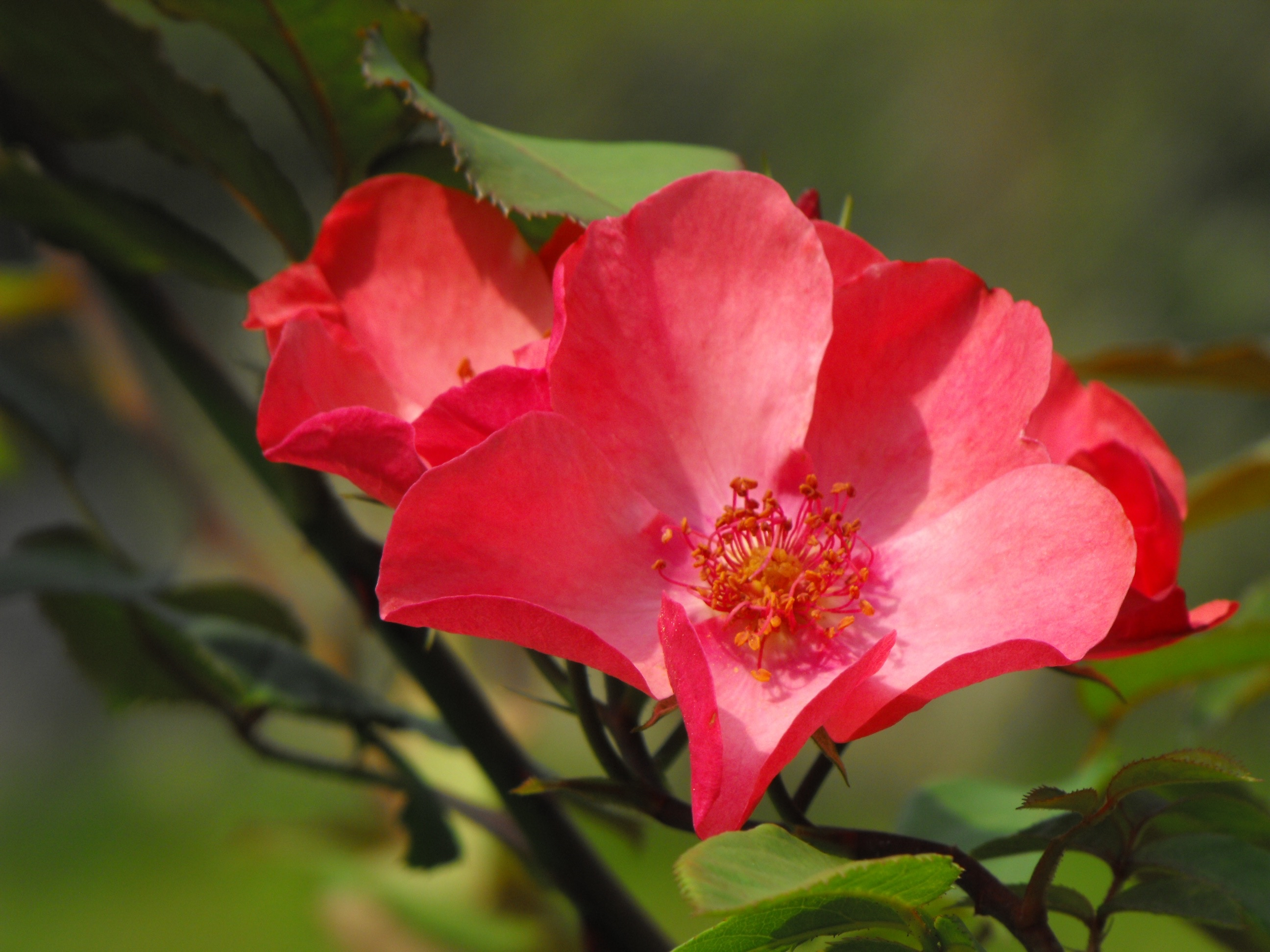
‘Hanseat’, Mathias Tantau Jr., 1961
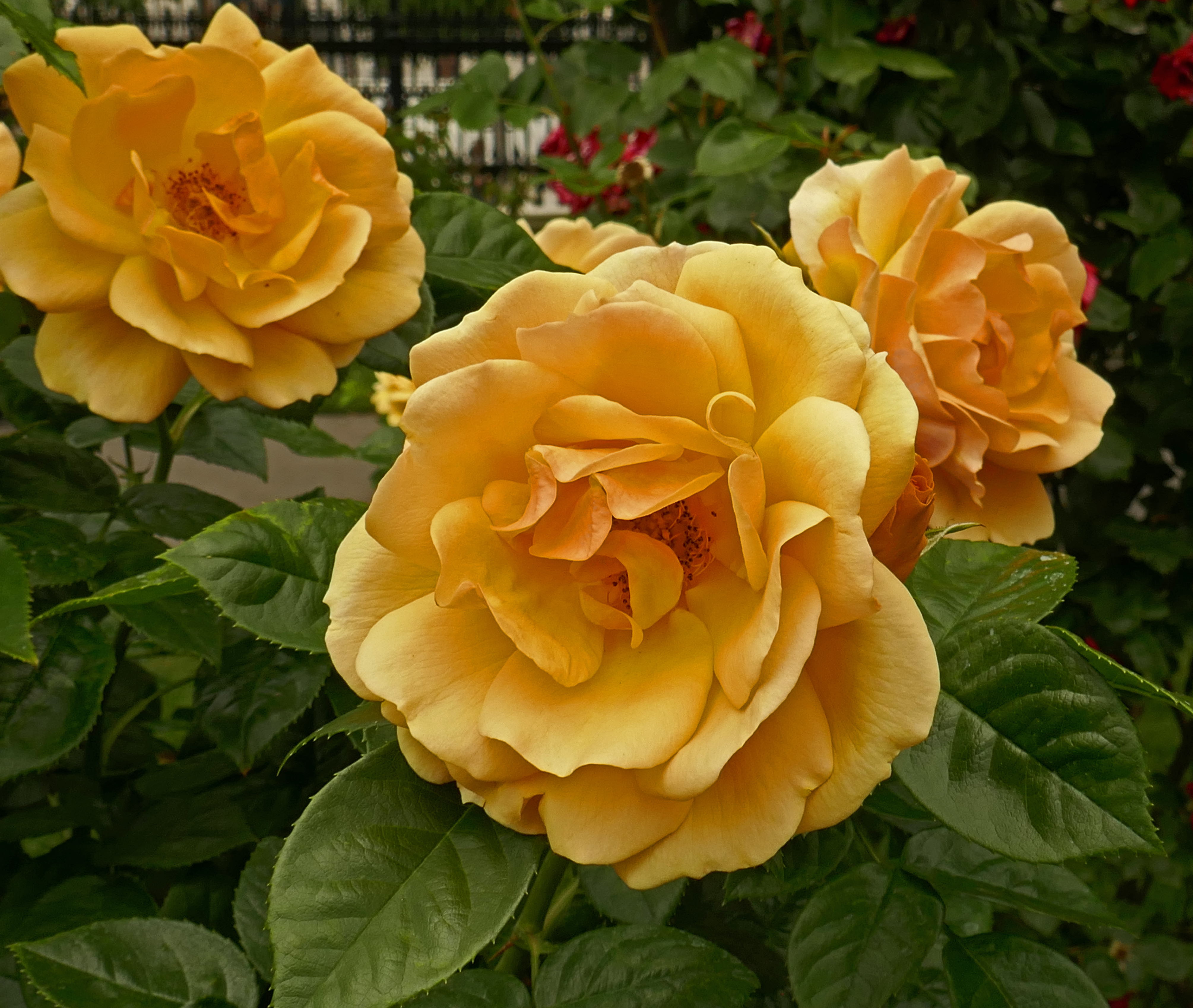
‘Hansestadt Rostock’, Tantau, 2010
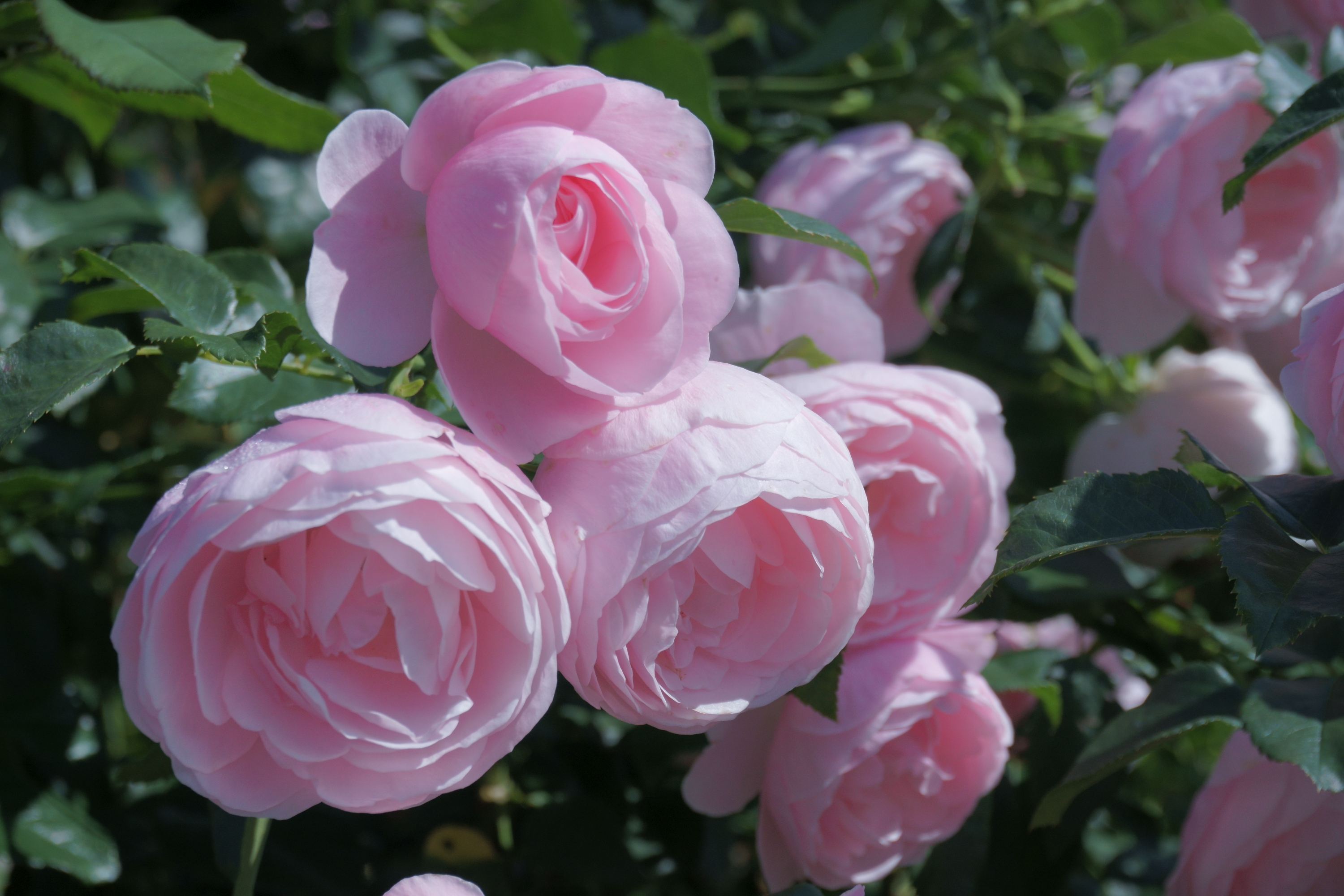
‘Hans Gönewein Rose’, Evers/Tantau, 1999
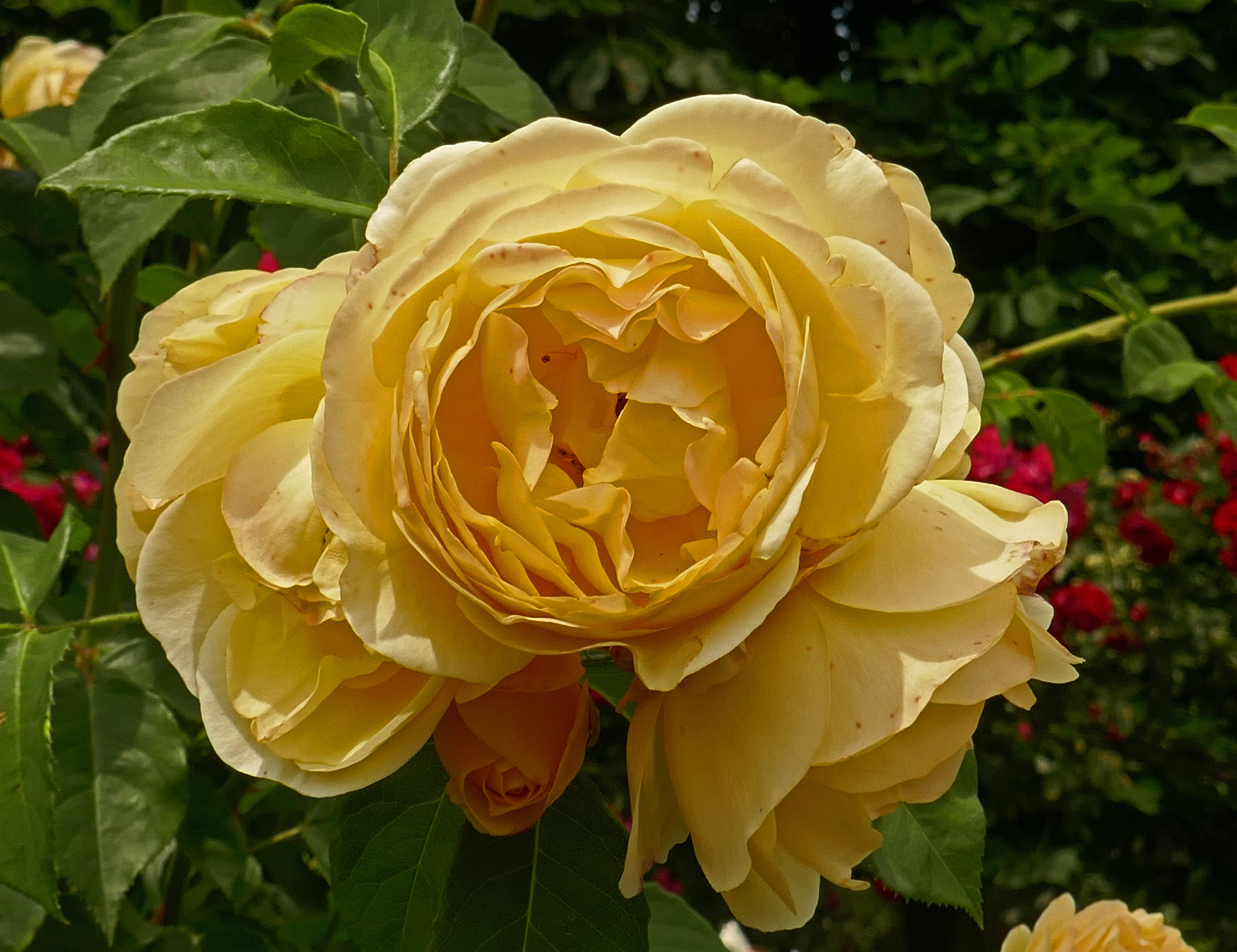
‘Happy Child’, Austin, 1993
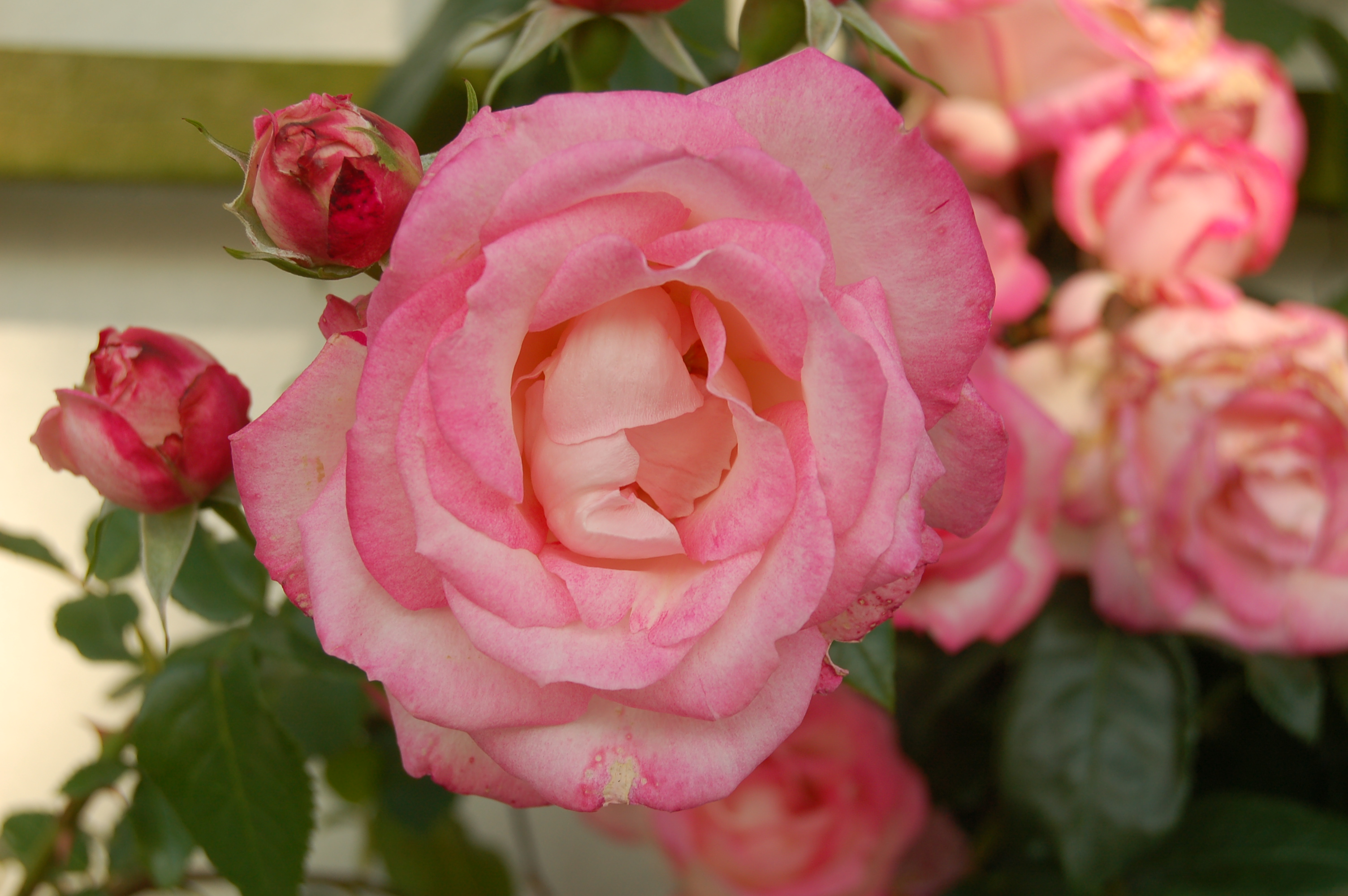
‘Harlekin’, Kordes, 1986
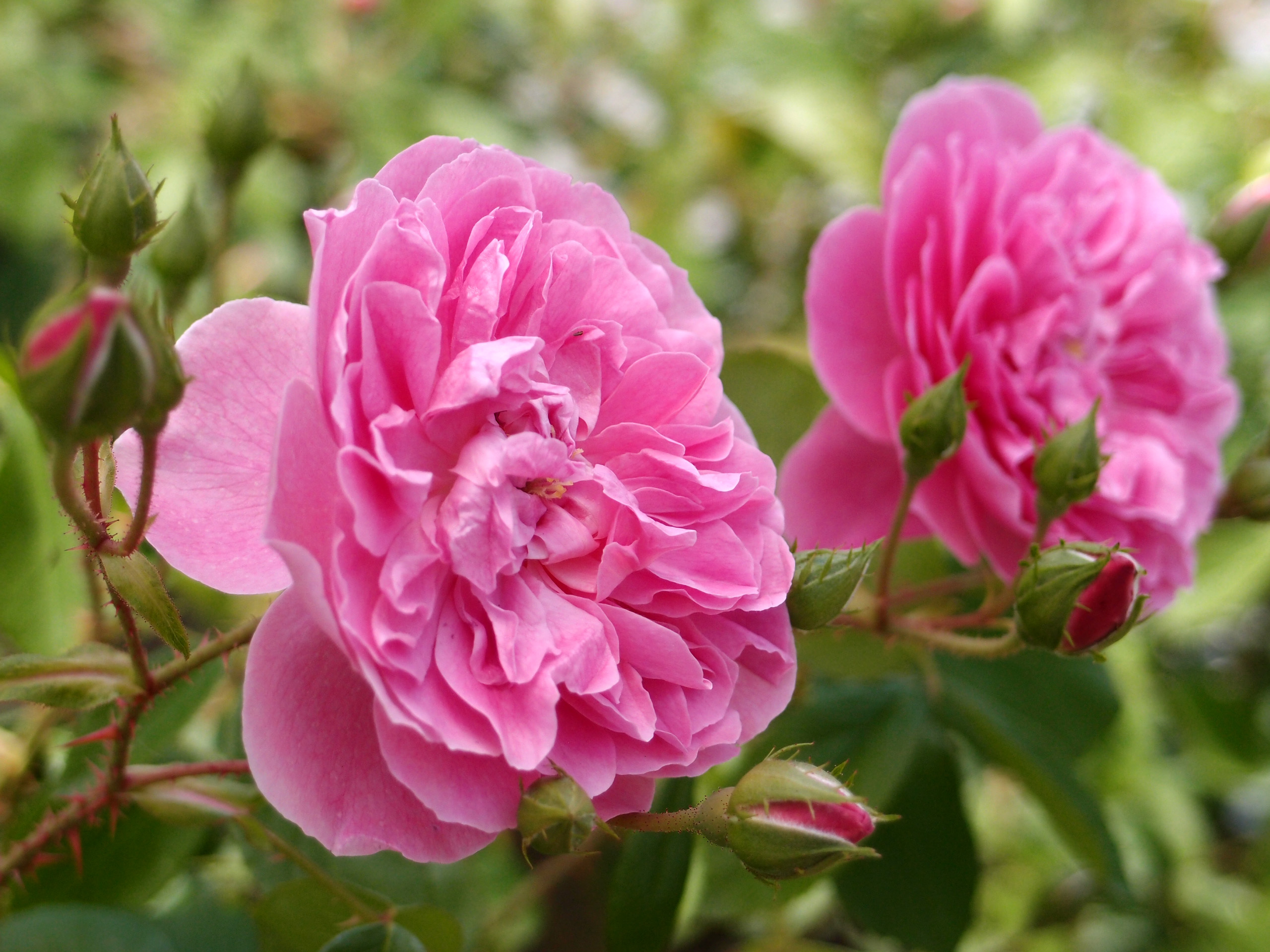
‘Harlow Carr’, David Austin, vor 2004
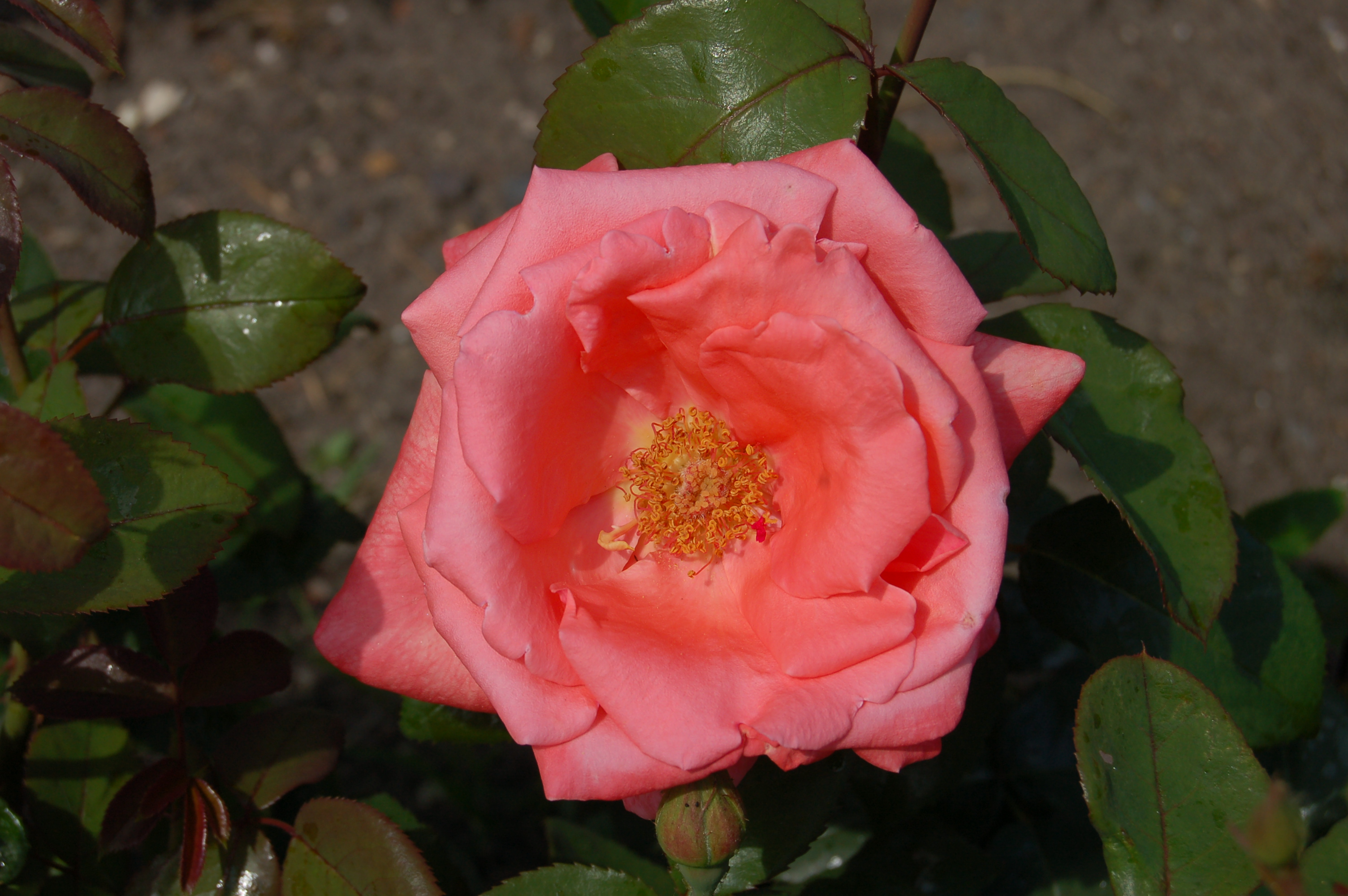
‘Harmonie’, Kordes, 1981
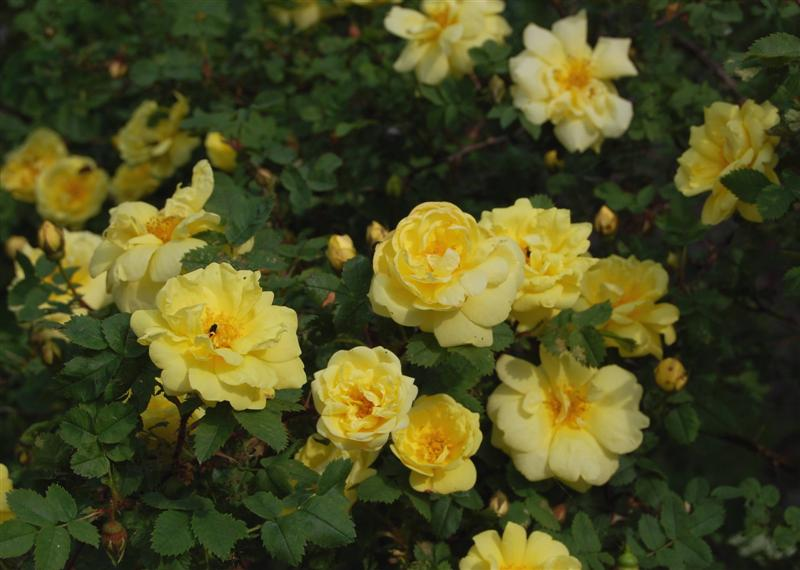
‘Harrisons Yellow’, George Folliott Harrison, um 1824
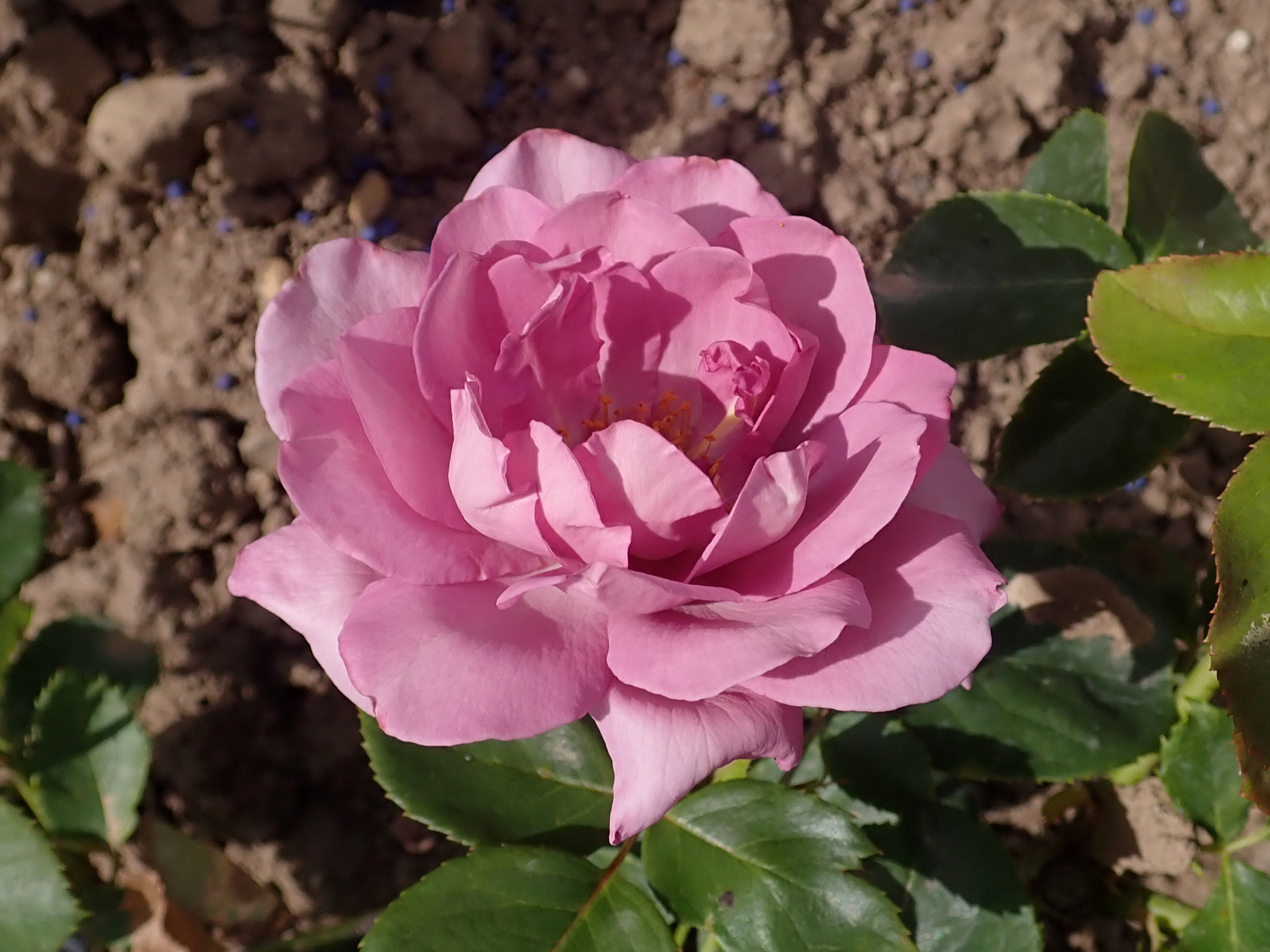
‘Harry Edland’, Harkness, 1975
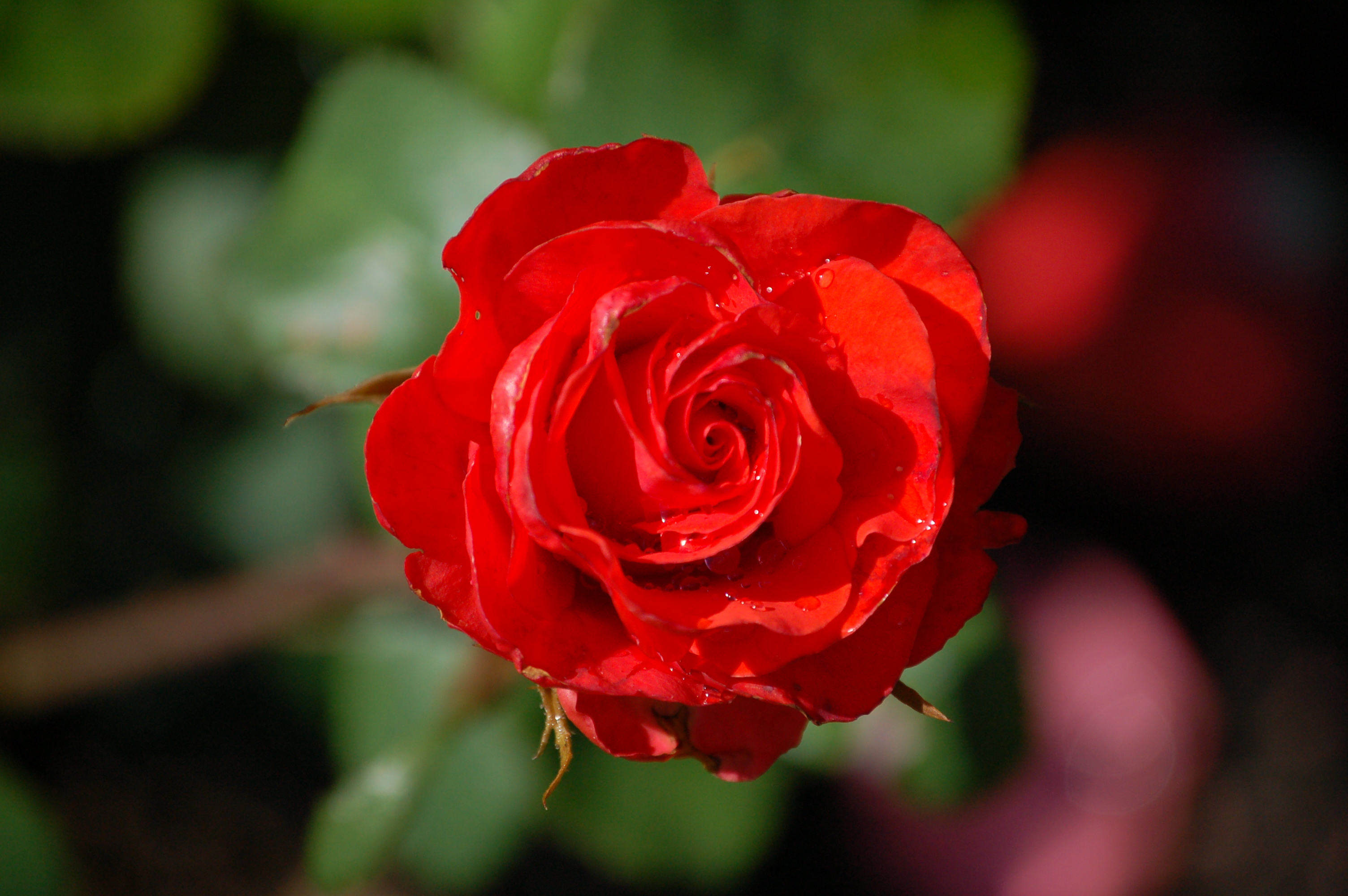
‘H. C. Andersen’, Poulsen, 1983
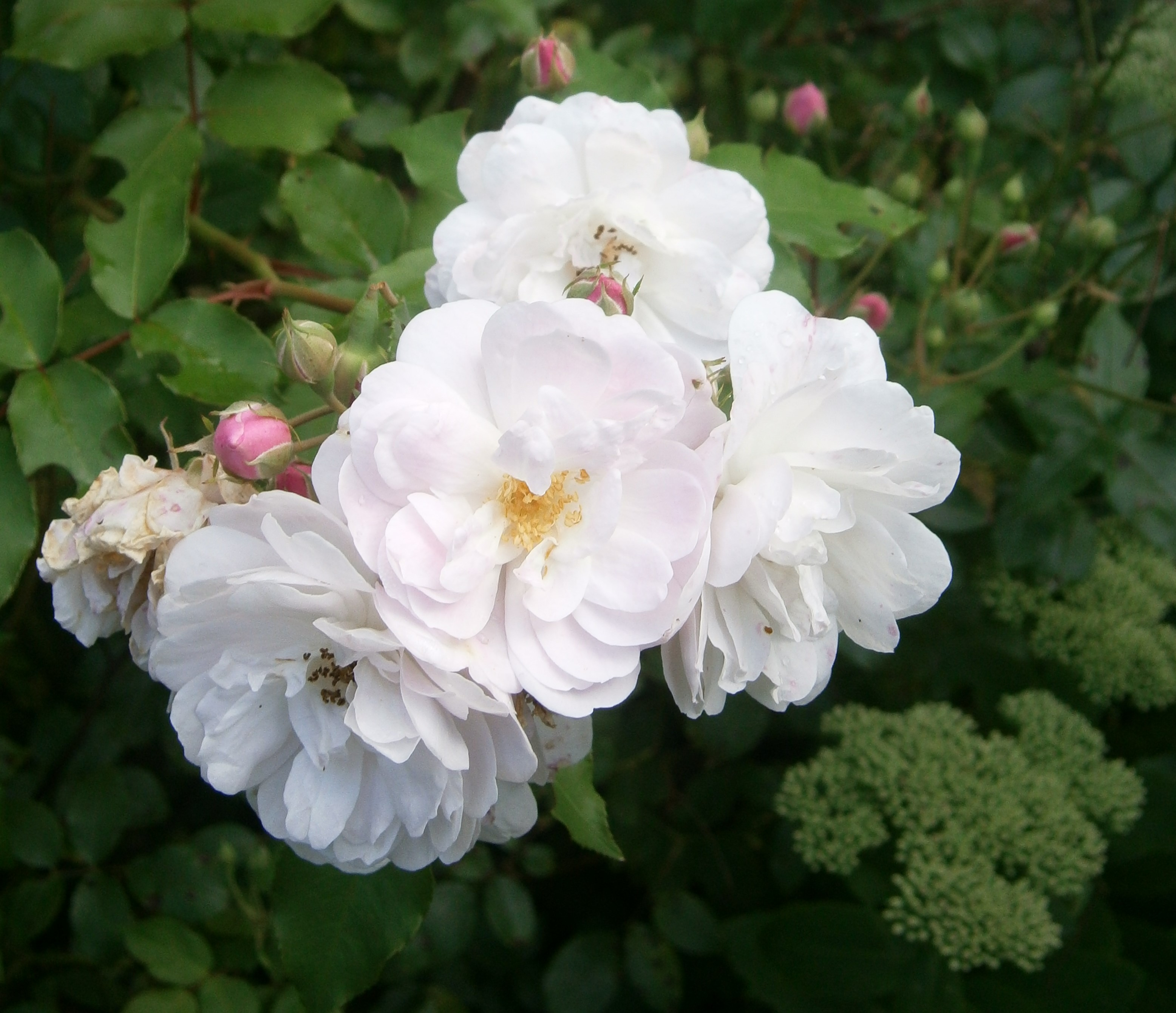
‘Heavenly Pink’, Louis Lens, 1989/1997
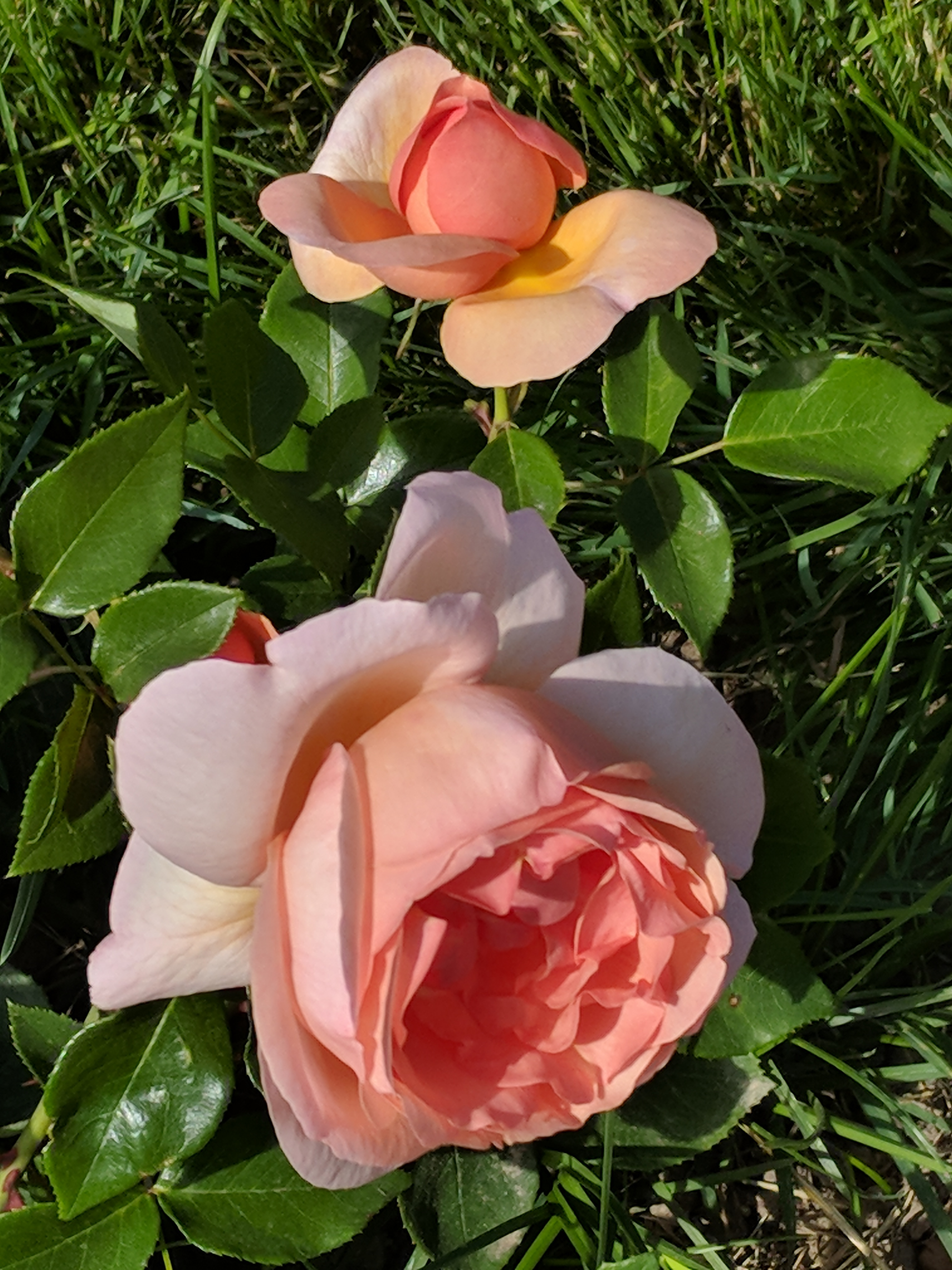
‘Heaven on Earth’, Kordes, 2003
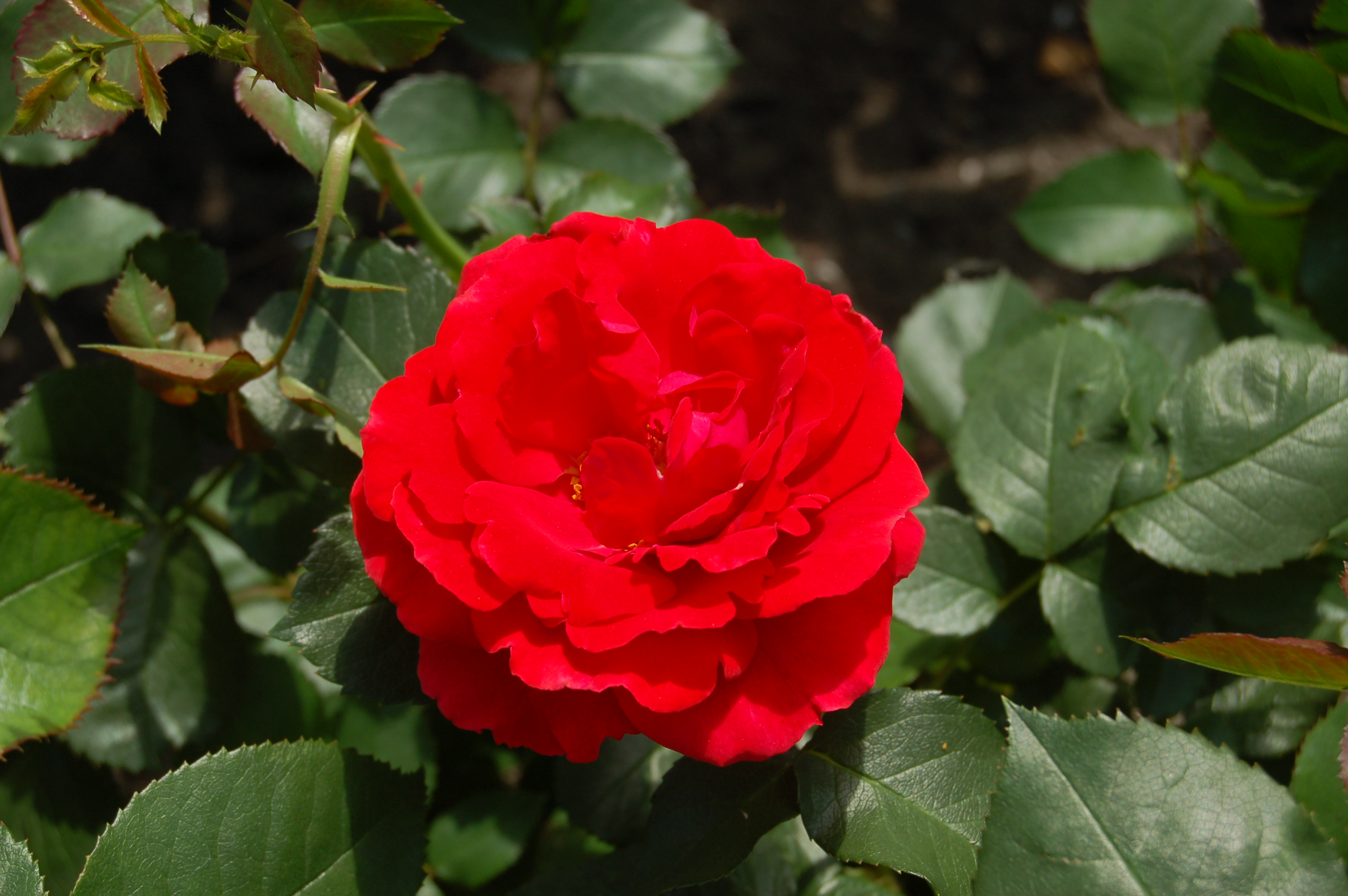
‘Heckenfeuer’, Kordes, 1983
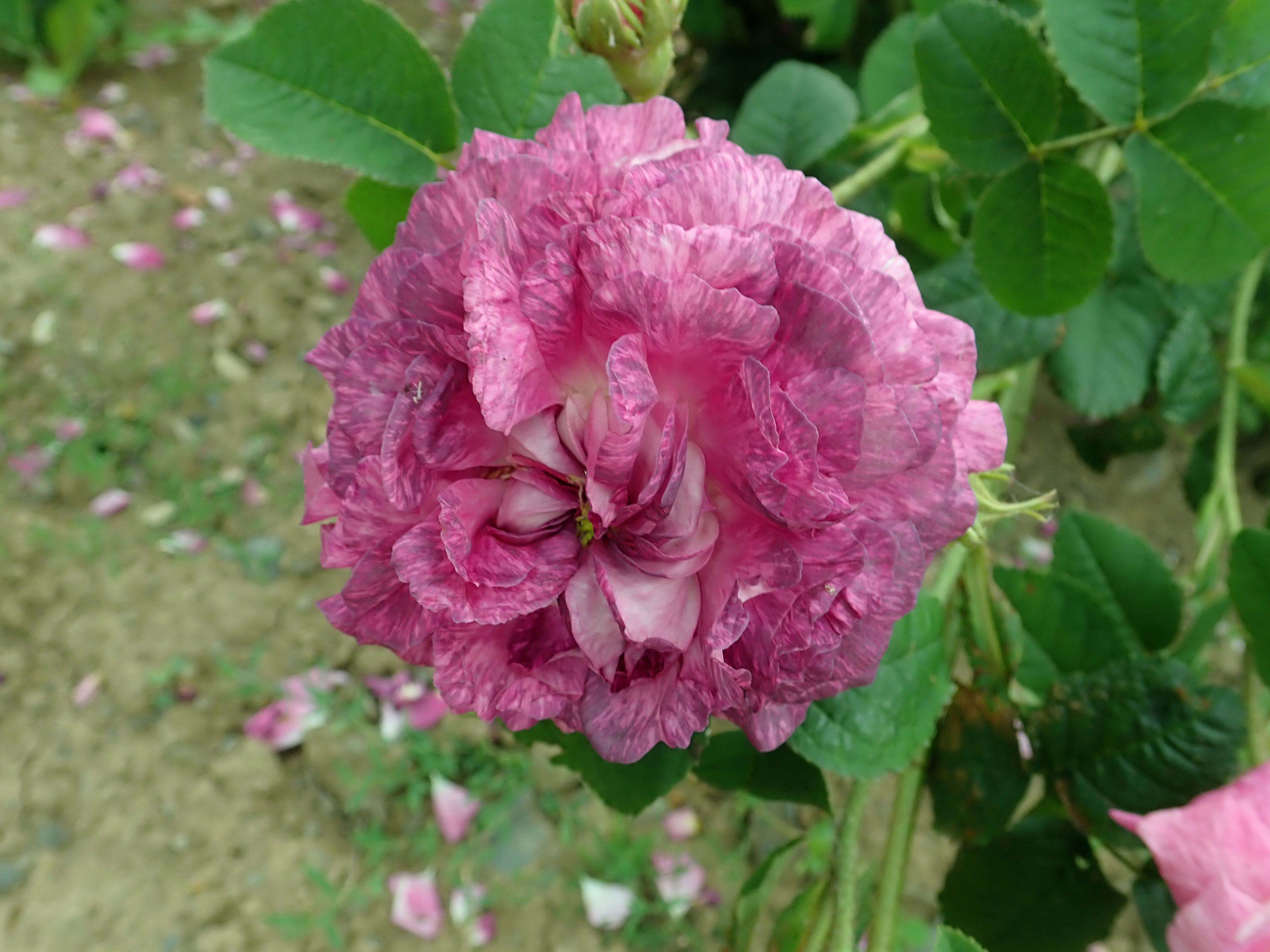
‘Hector’, Parmentier, um 1840
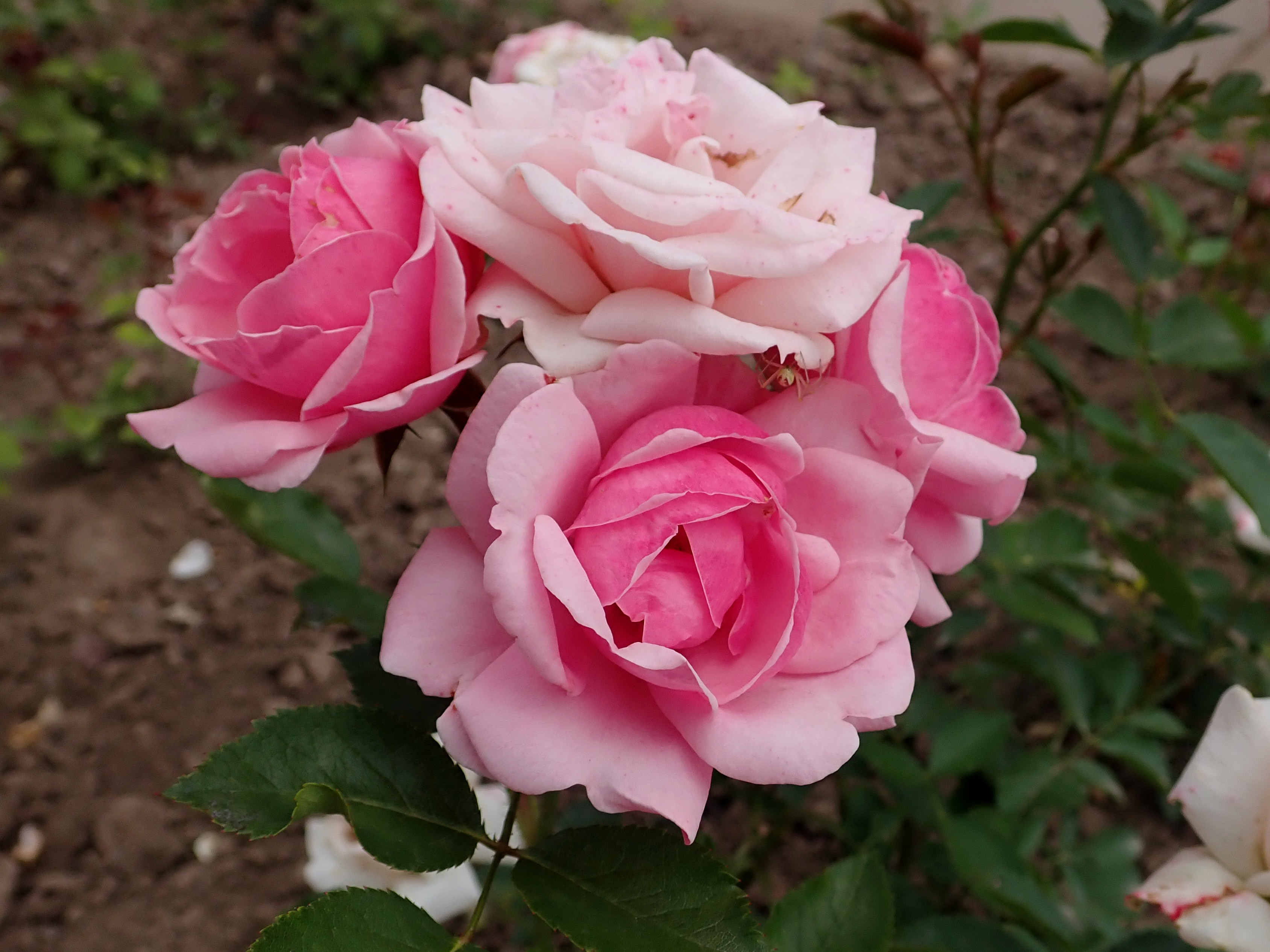
‘Hedwig Fulda’, Gebrüder Leenders, 1934
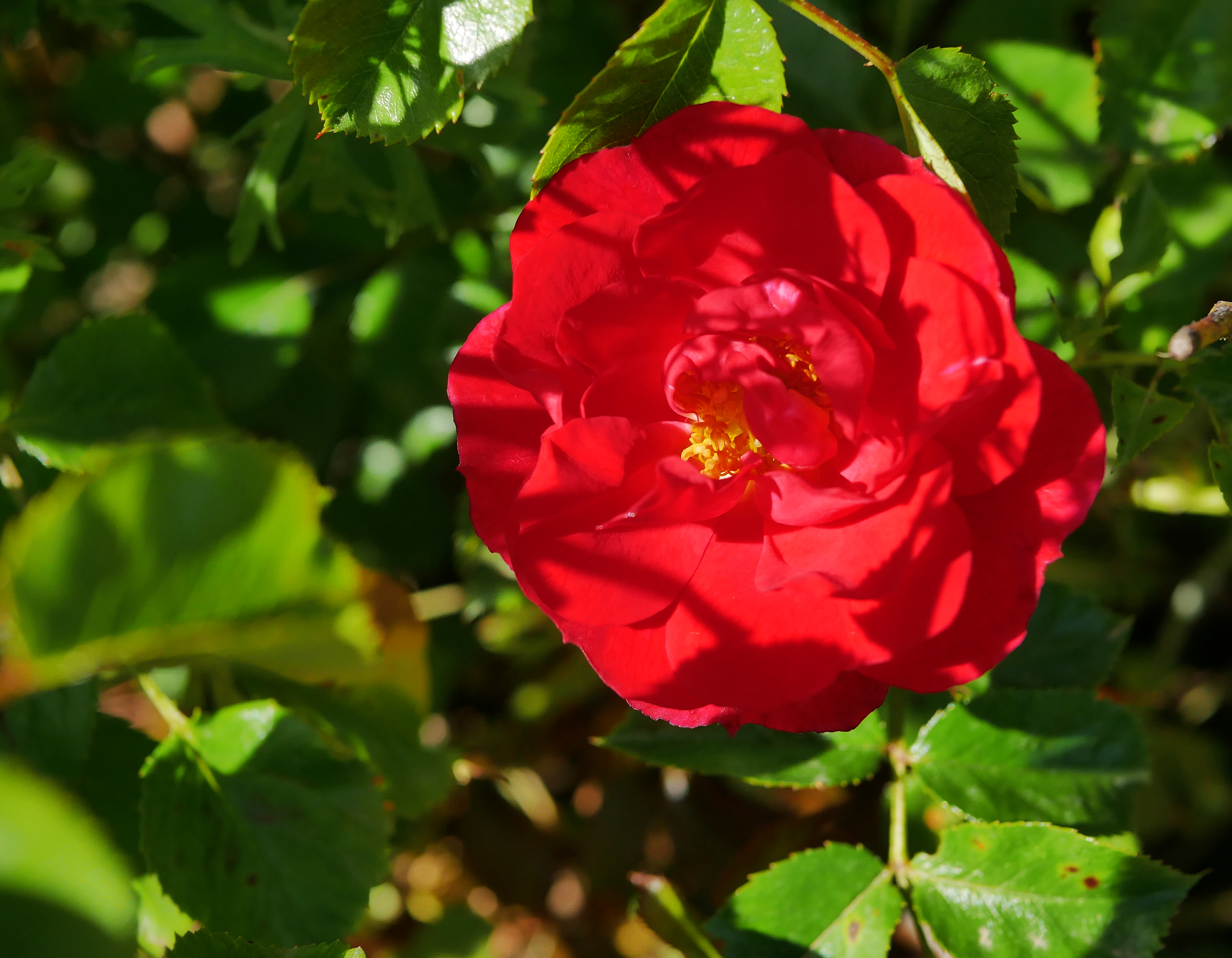
Heidefeuer (Rose), Noack, 1995
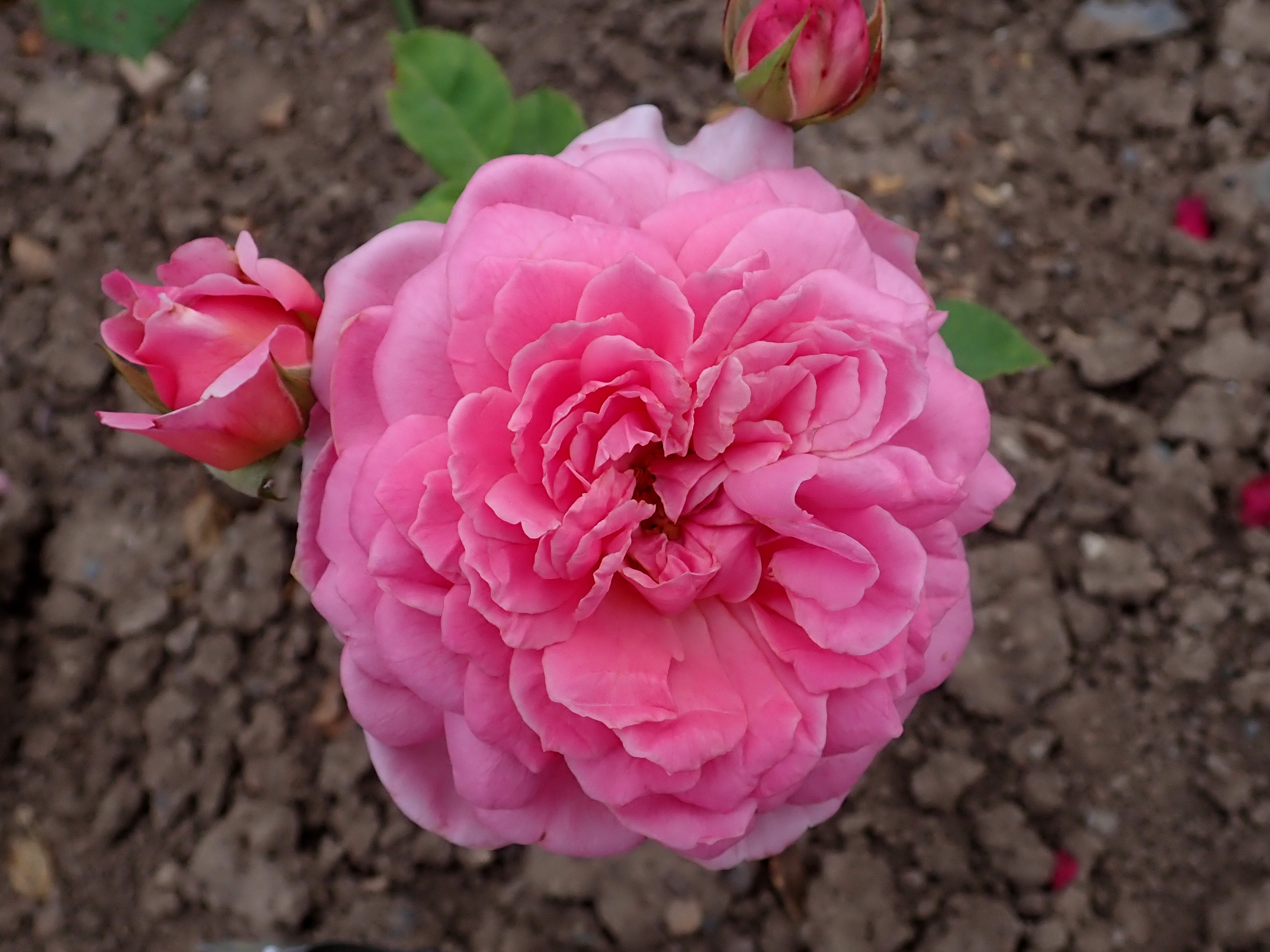
‘Heidegruß’, Tantau, 1937
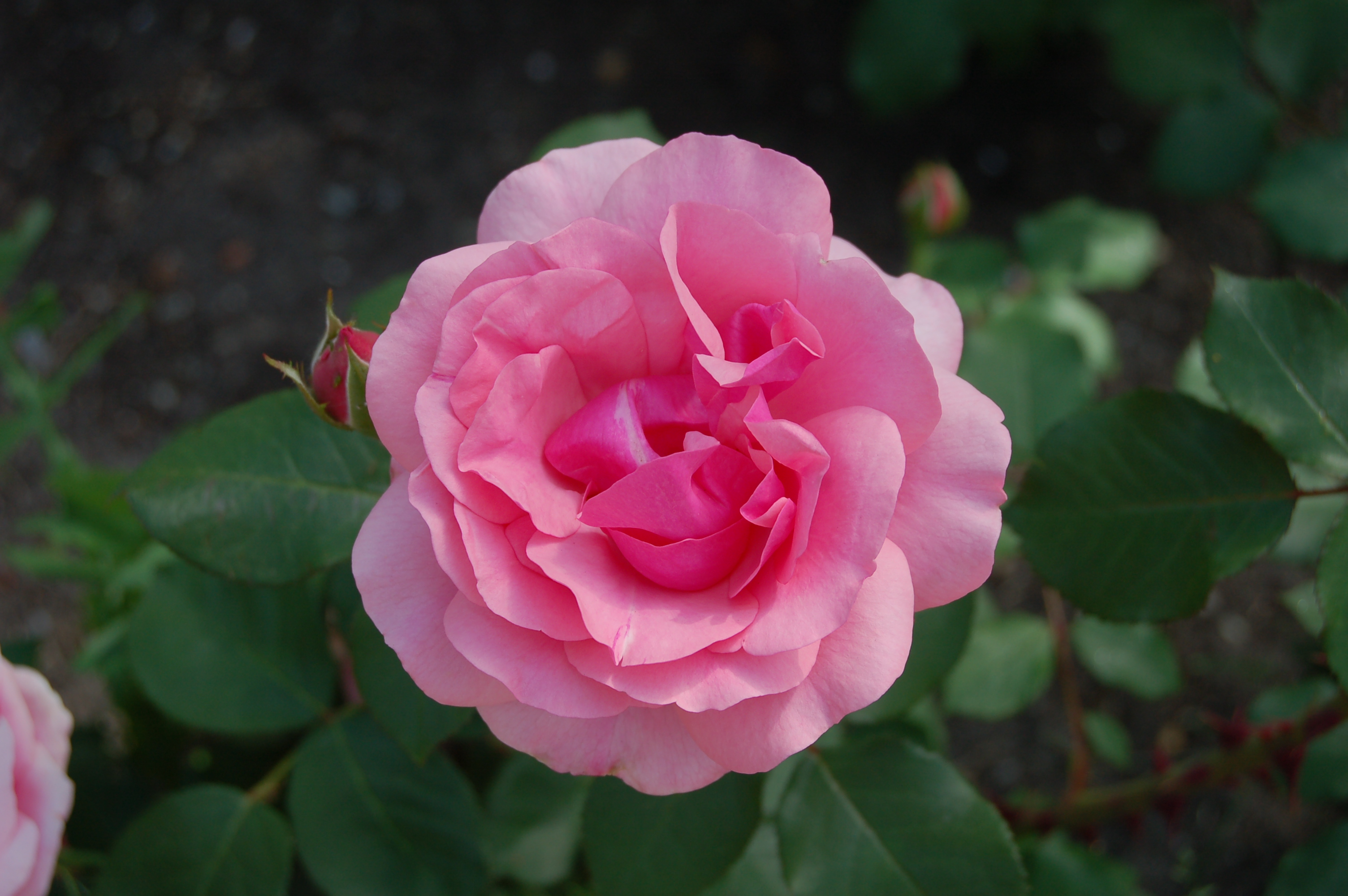
‘Heidelinde’, Kordes, 1991
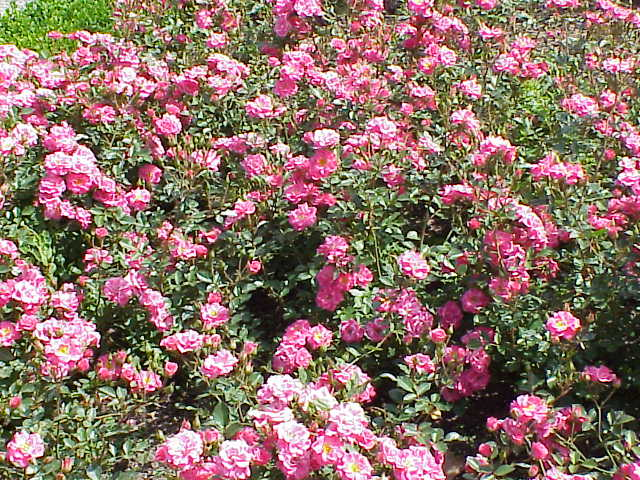
‘Heidepark’, Meilland, 1988
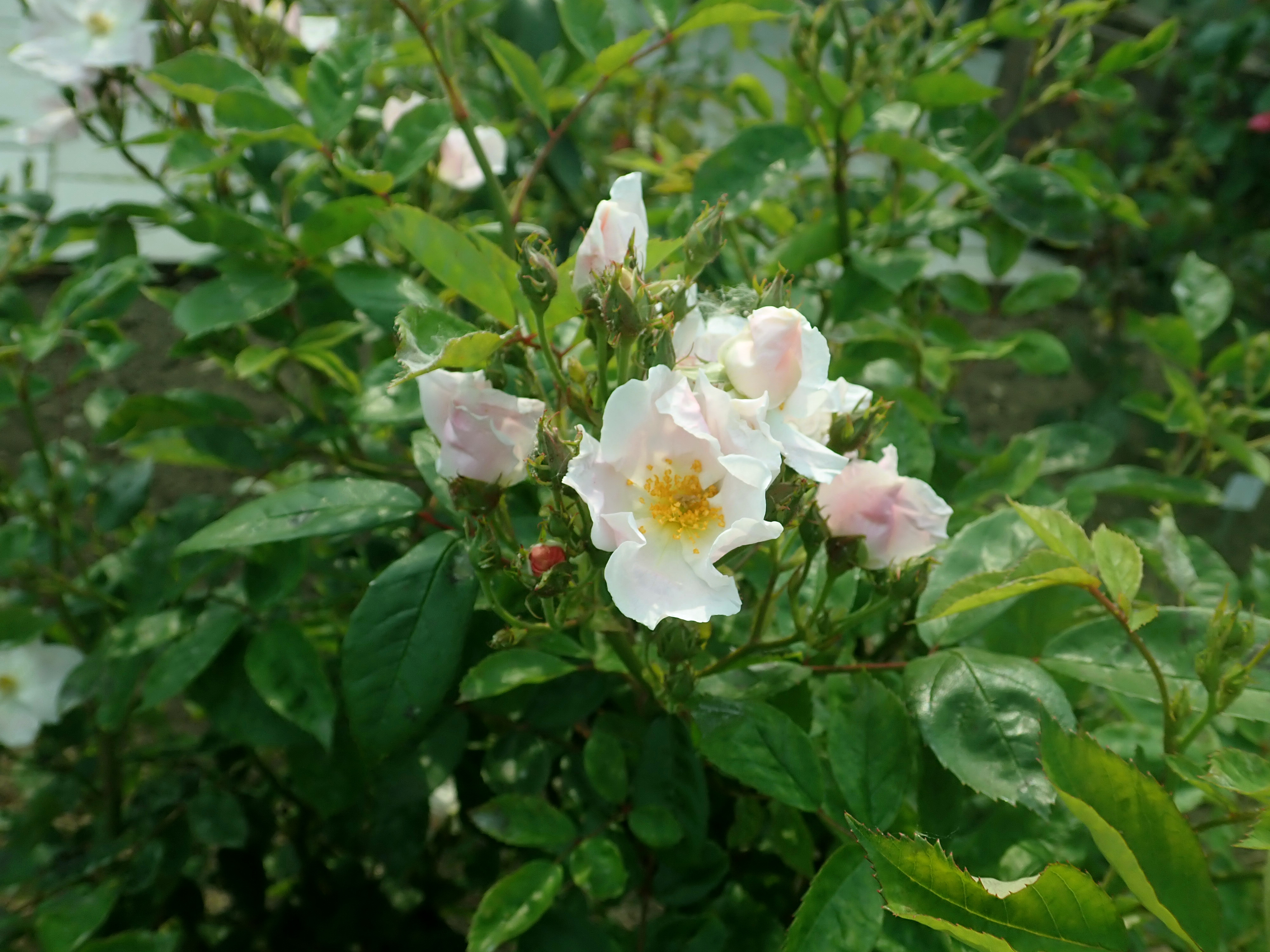
‘Heideröslein’, Lambert, 1932
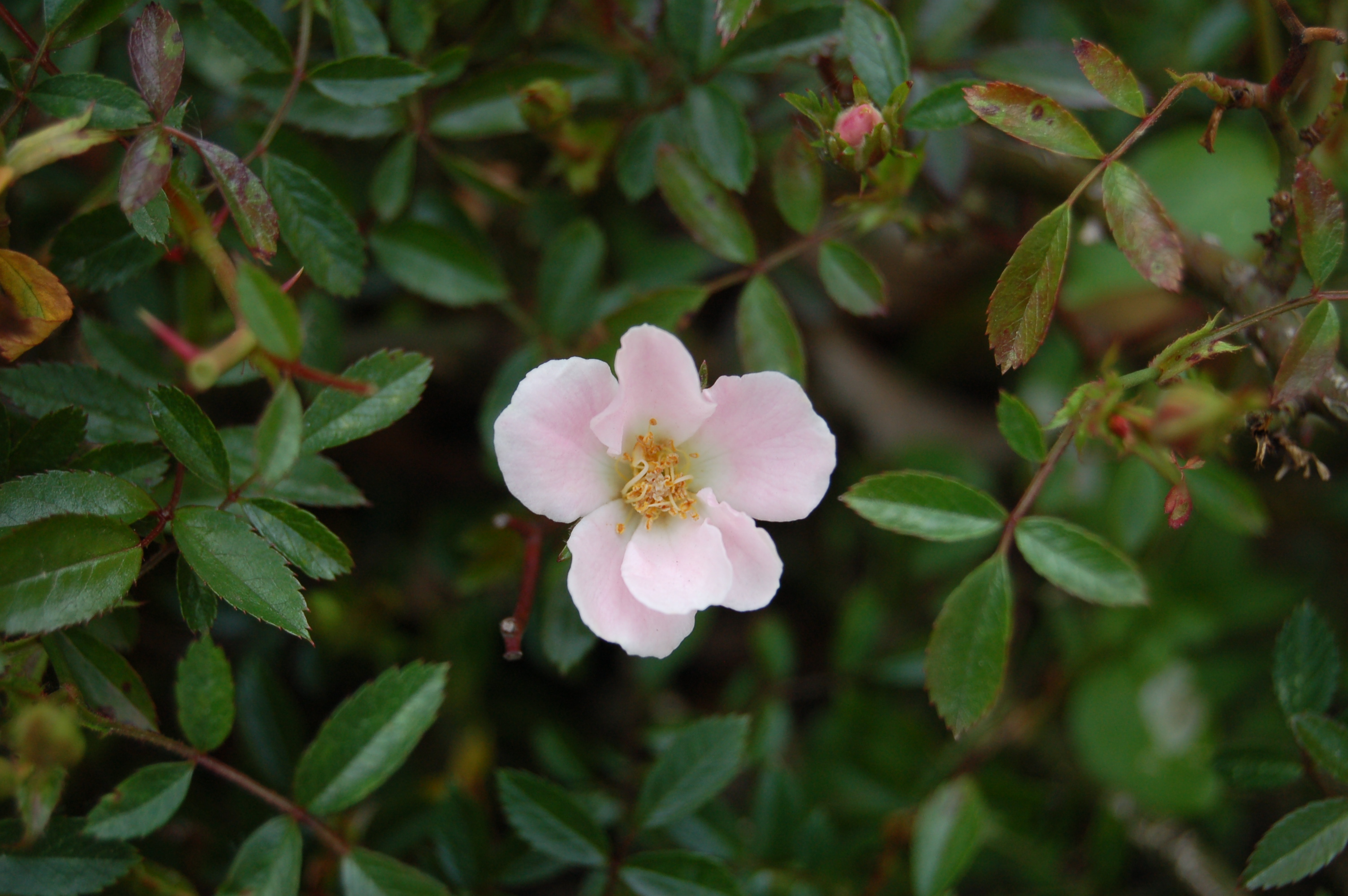
‘Heideröslein Nozomi’, Onodera, 1968
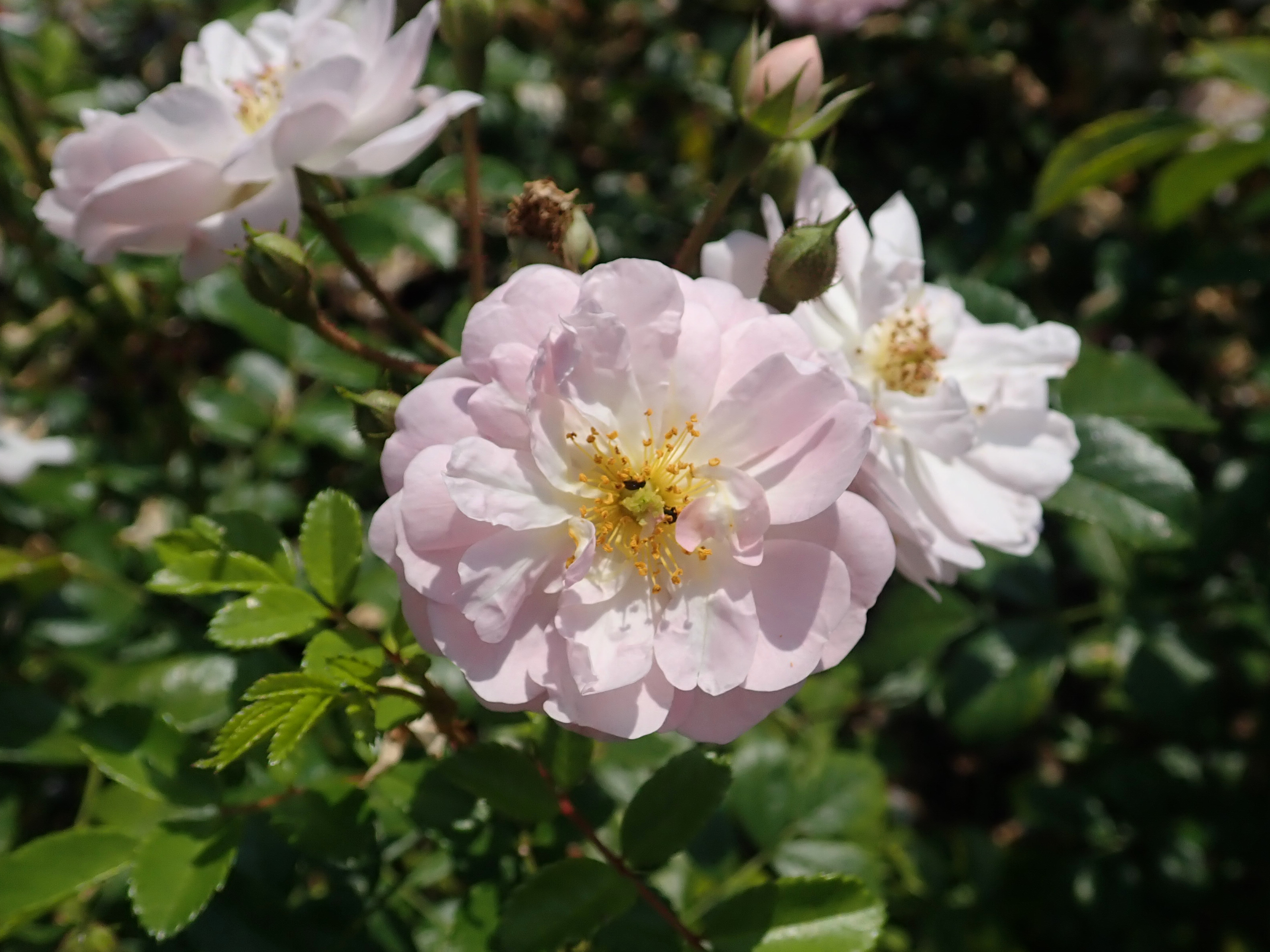
‘Heidestern’, Liebig, 2004
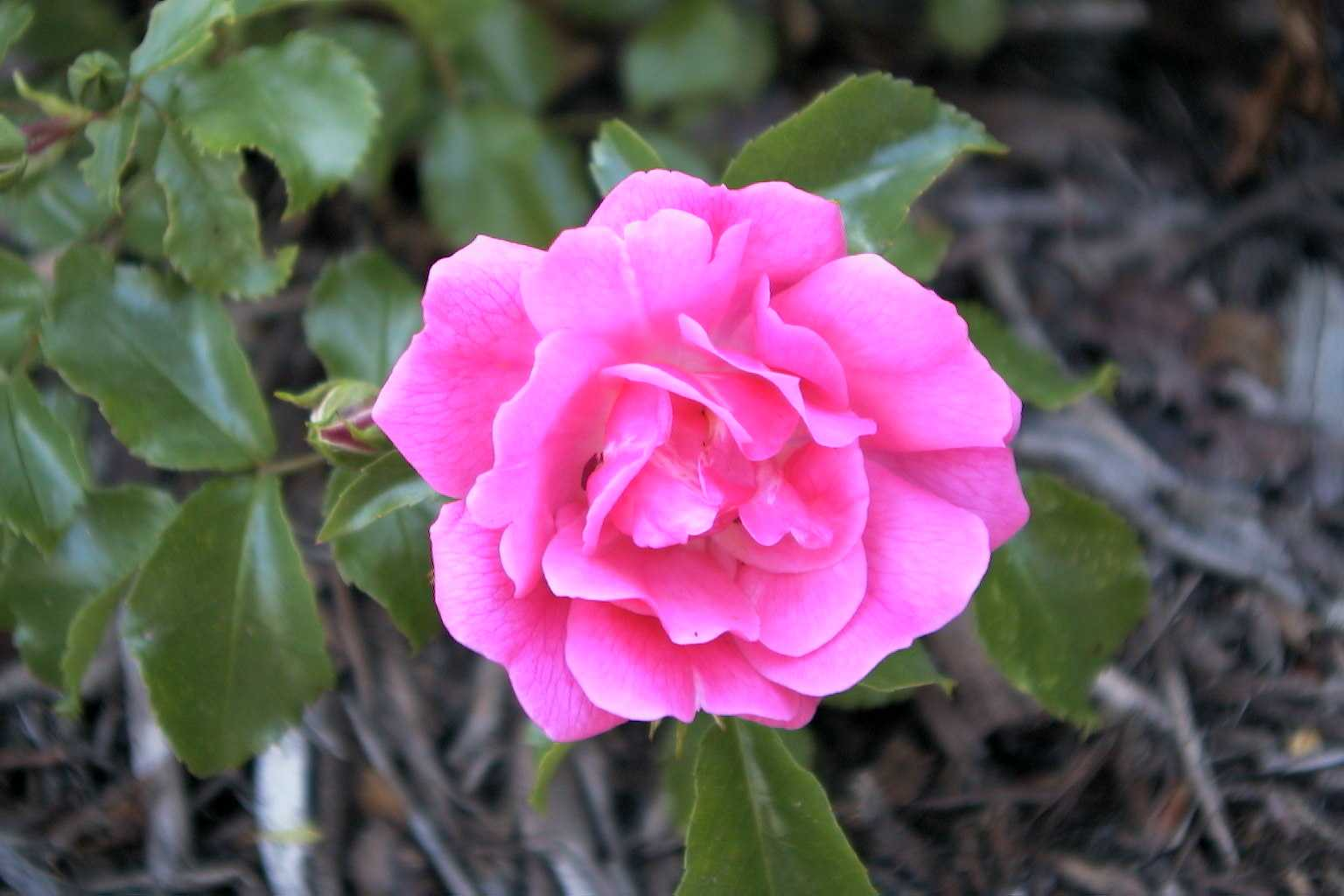
‘Heidetraum’, Noack, 1989
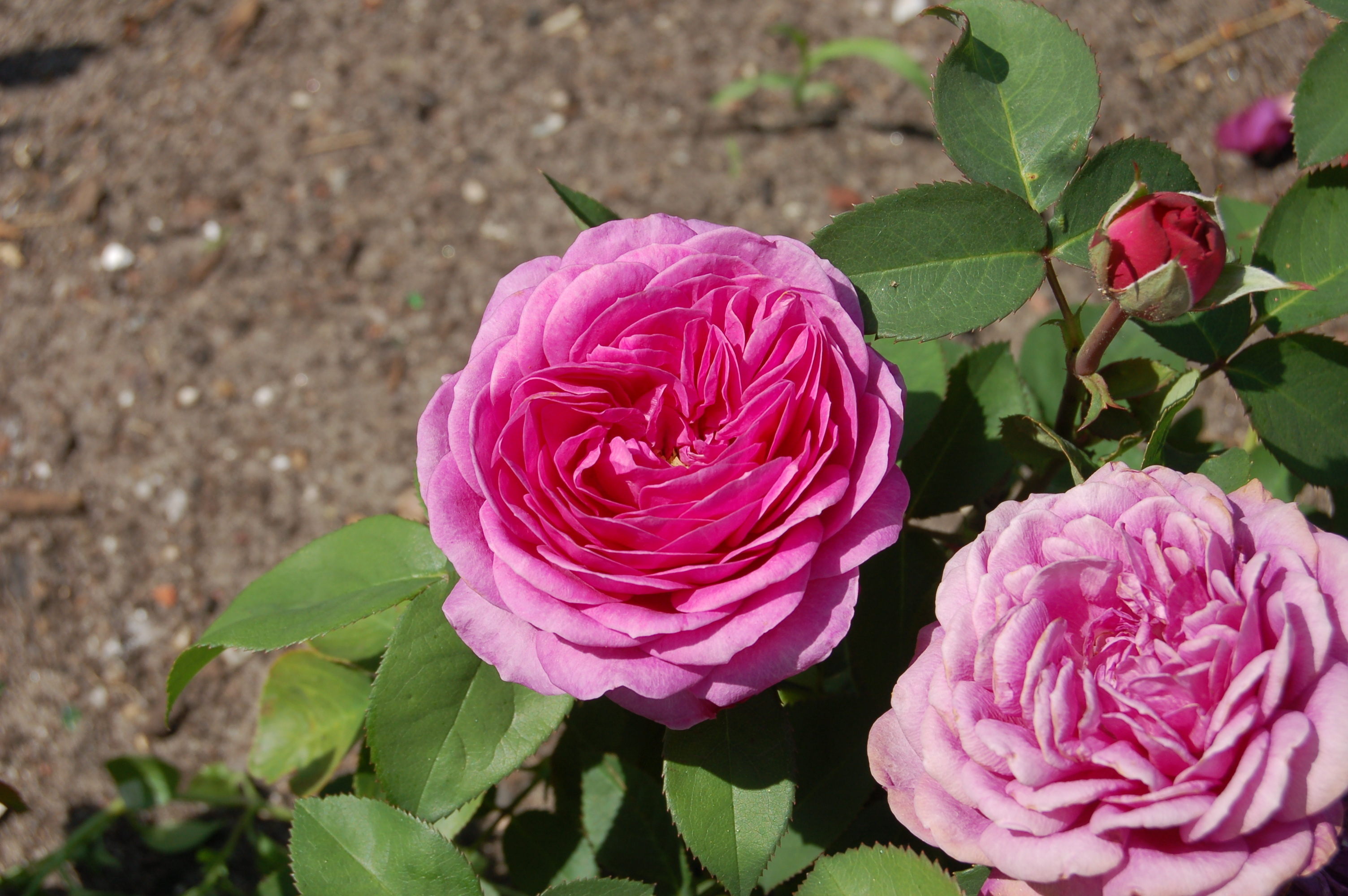
‘Heidi-Klum-Rose’, Tantau 2006
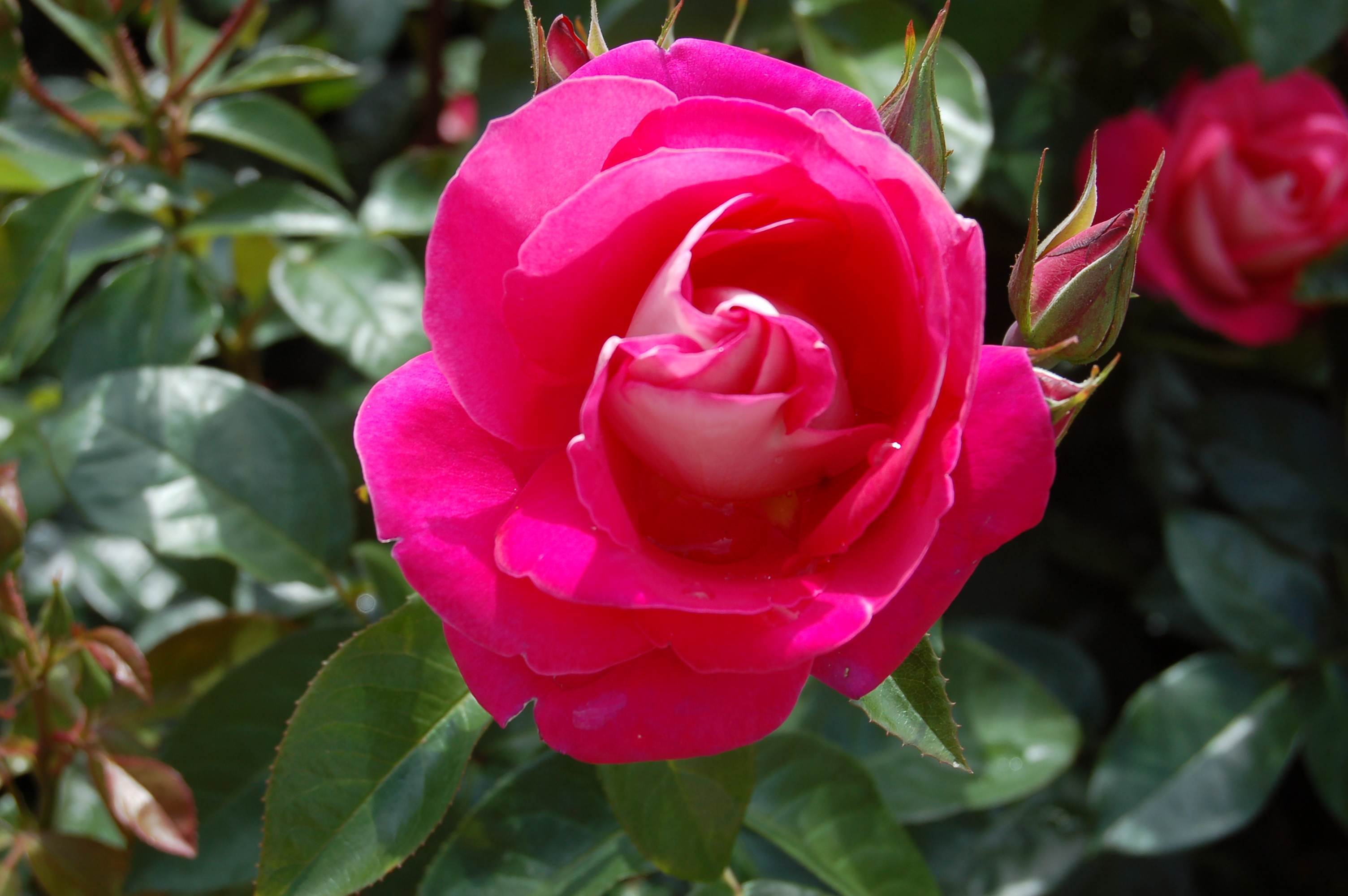
‘Heimatmelodie’, Tantau, 2000
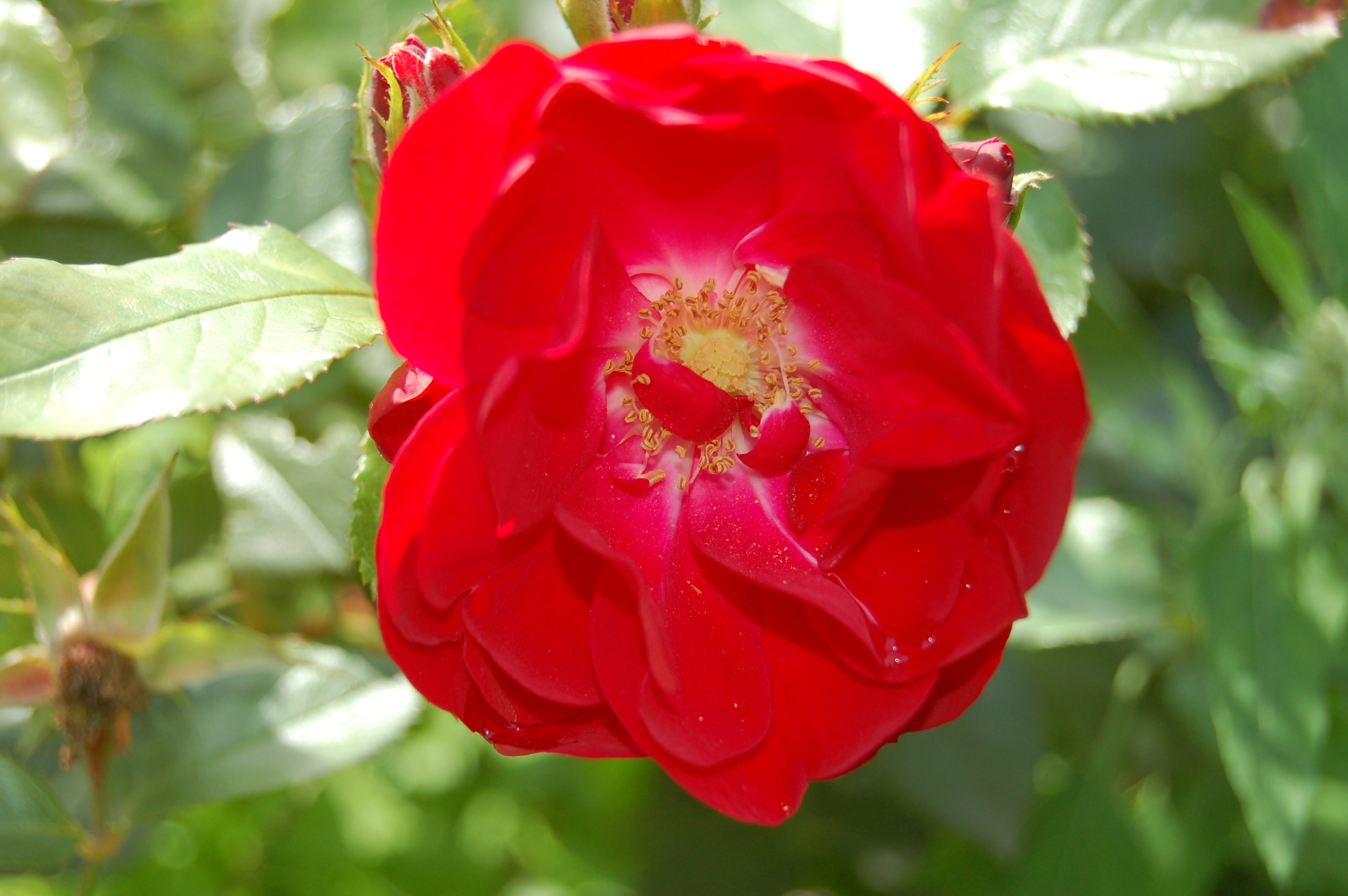
‘Hein Evers’, M. Tantau jun.
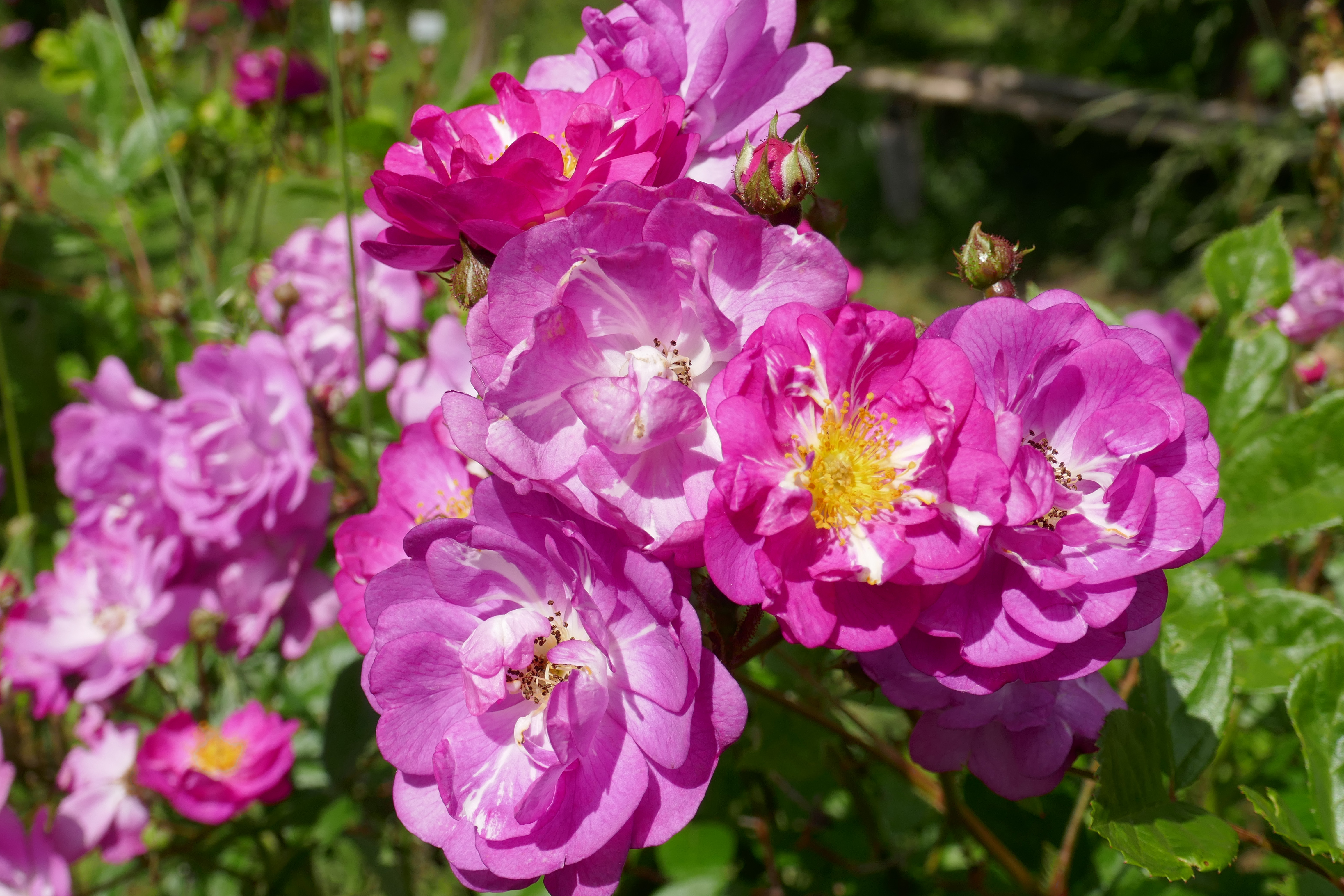
‘Heinrich Karsch’, Leenders, 1927
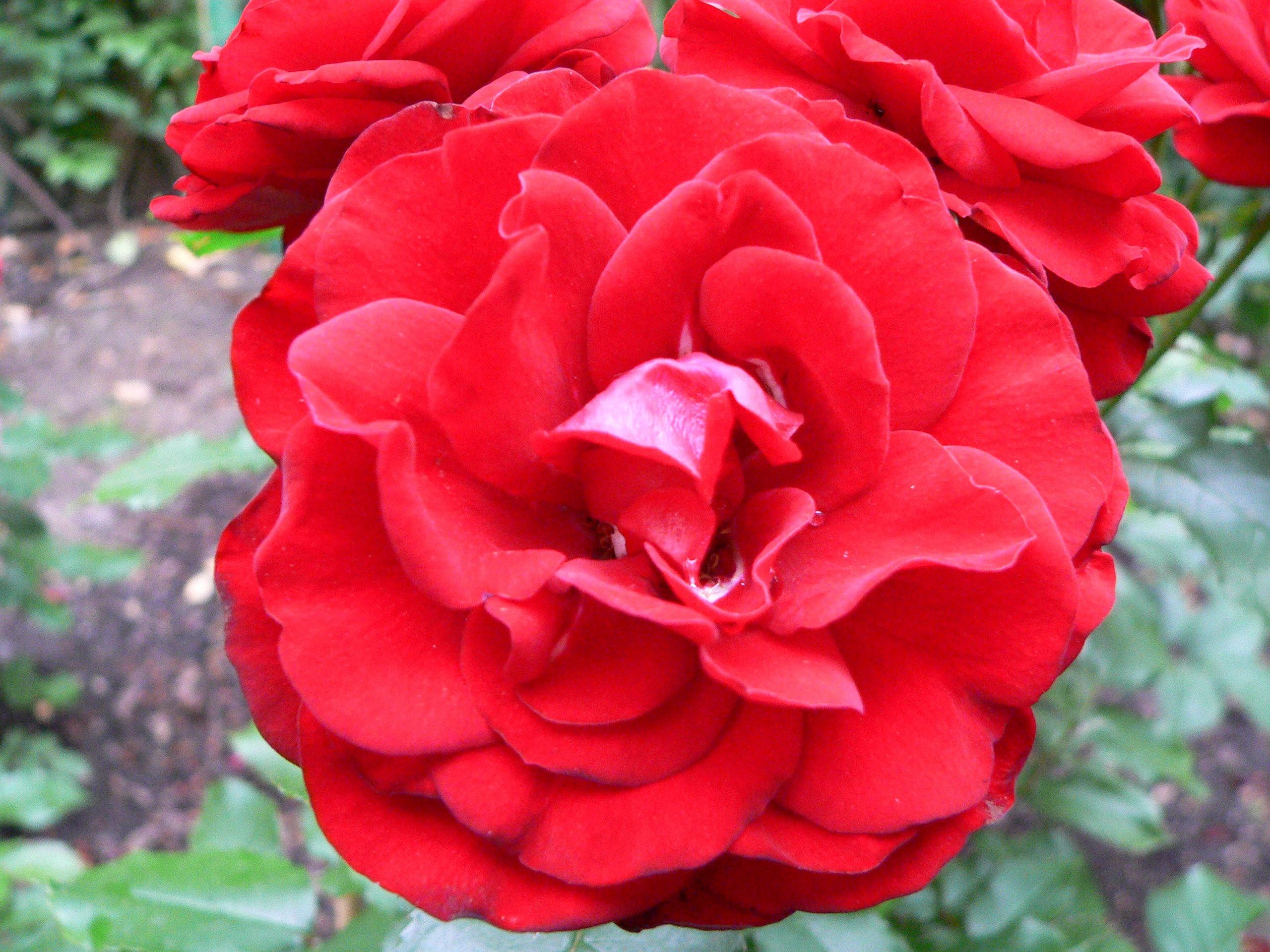
‘Heinzelmännchen’,  1983
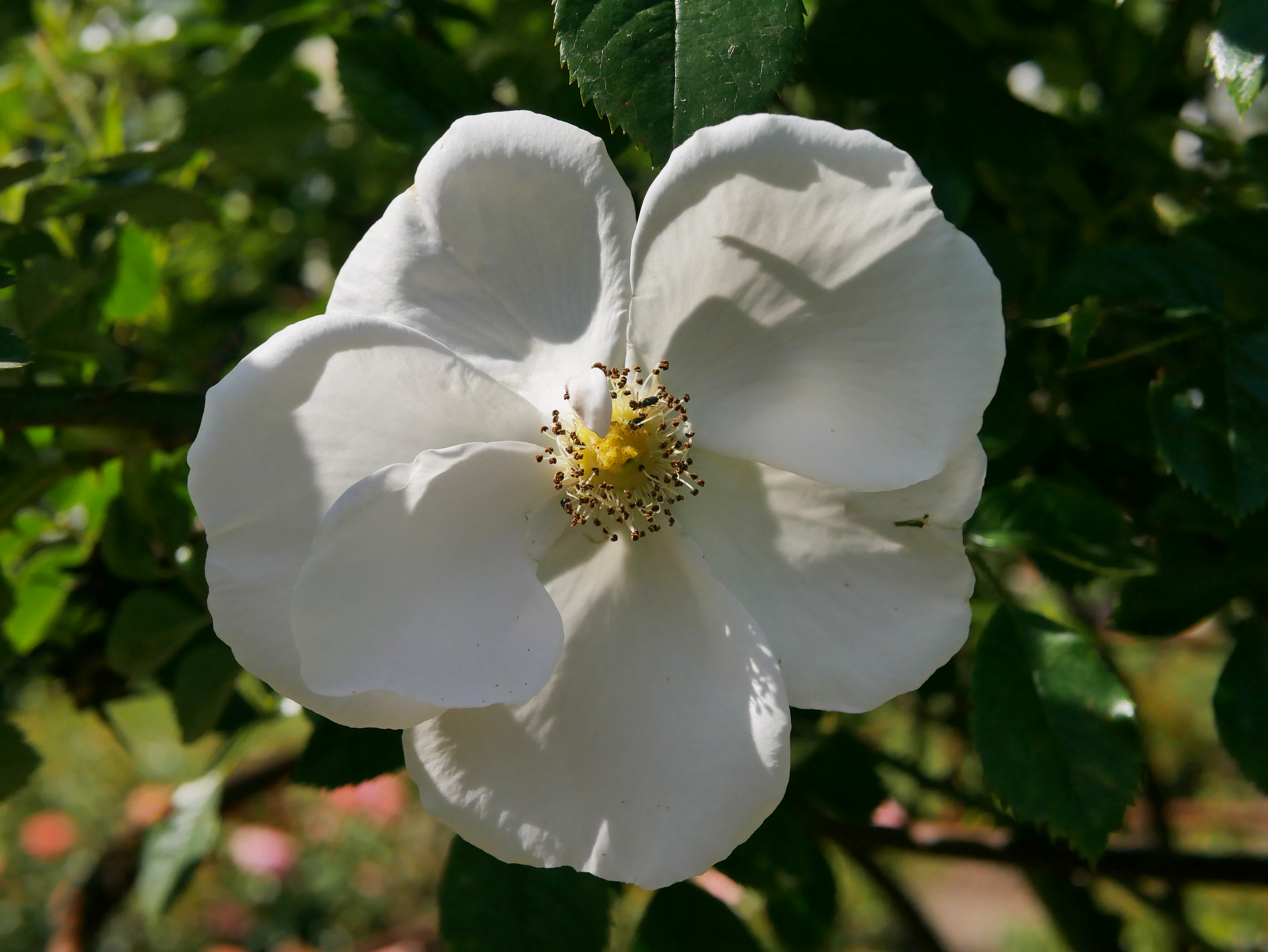
Hella (Rose), Kordes
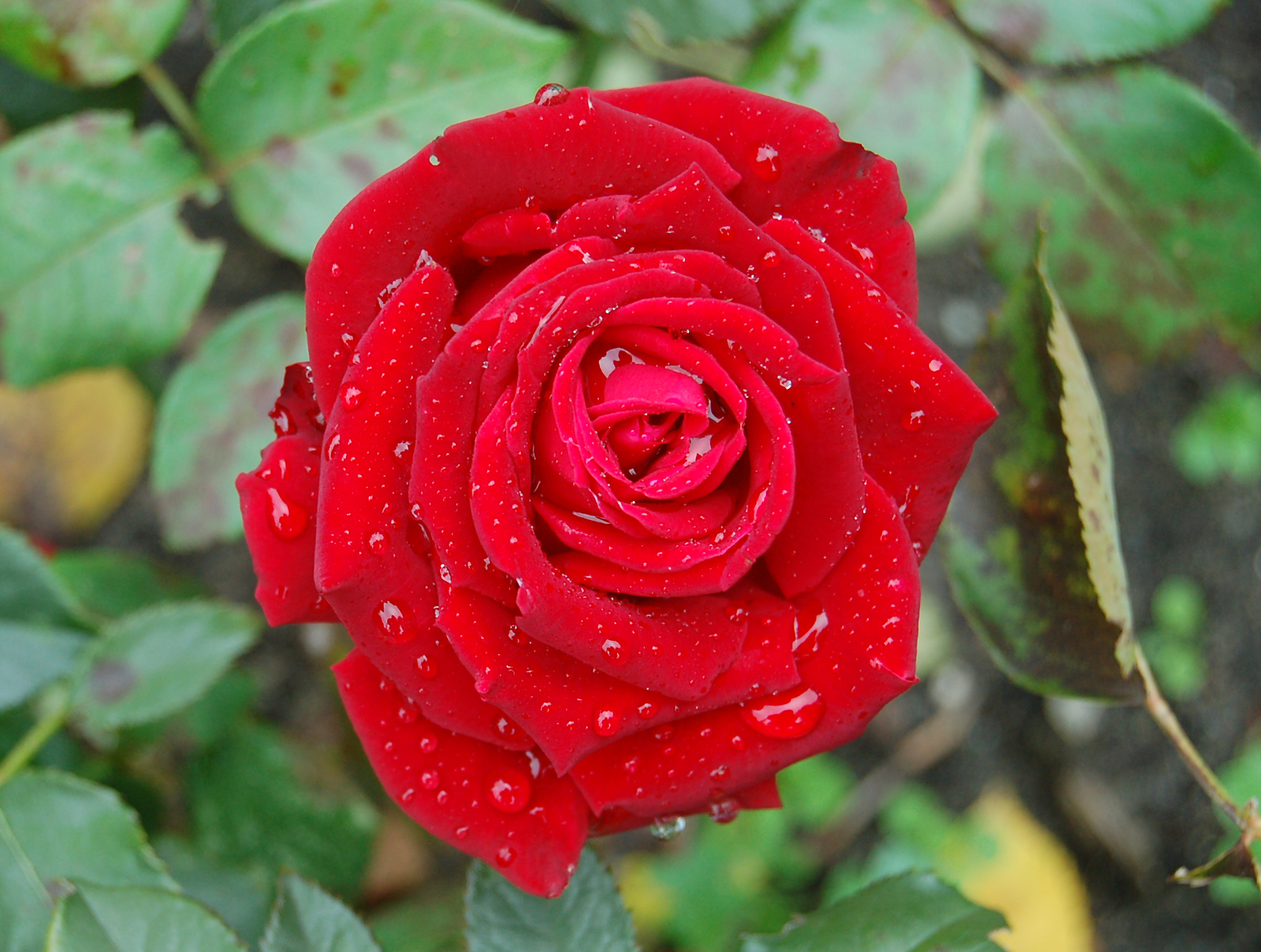
‘Helmut Kohl’, Tantau, 1996
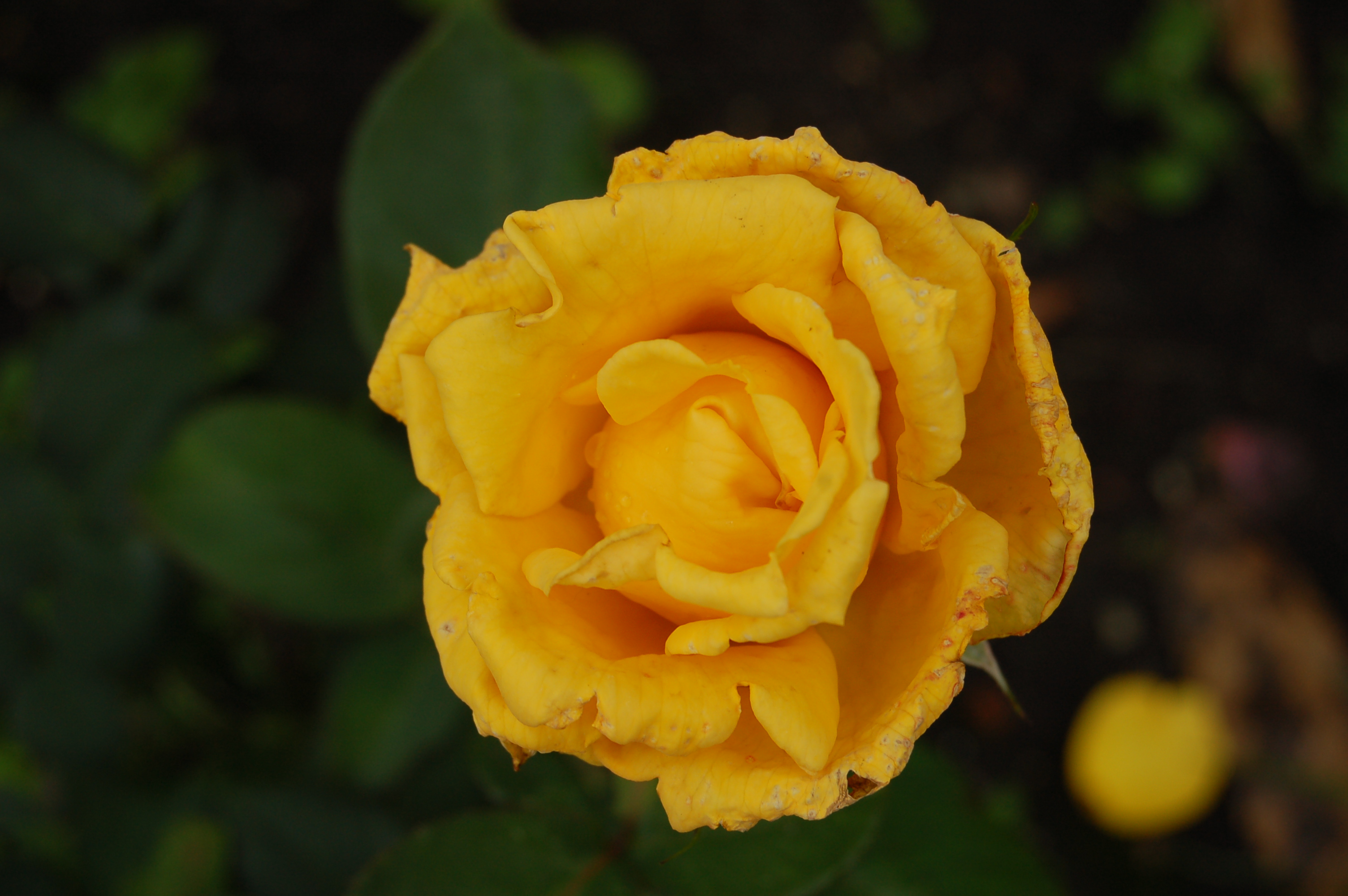
‘Helmut Schmidt’, Kordes, 1979
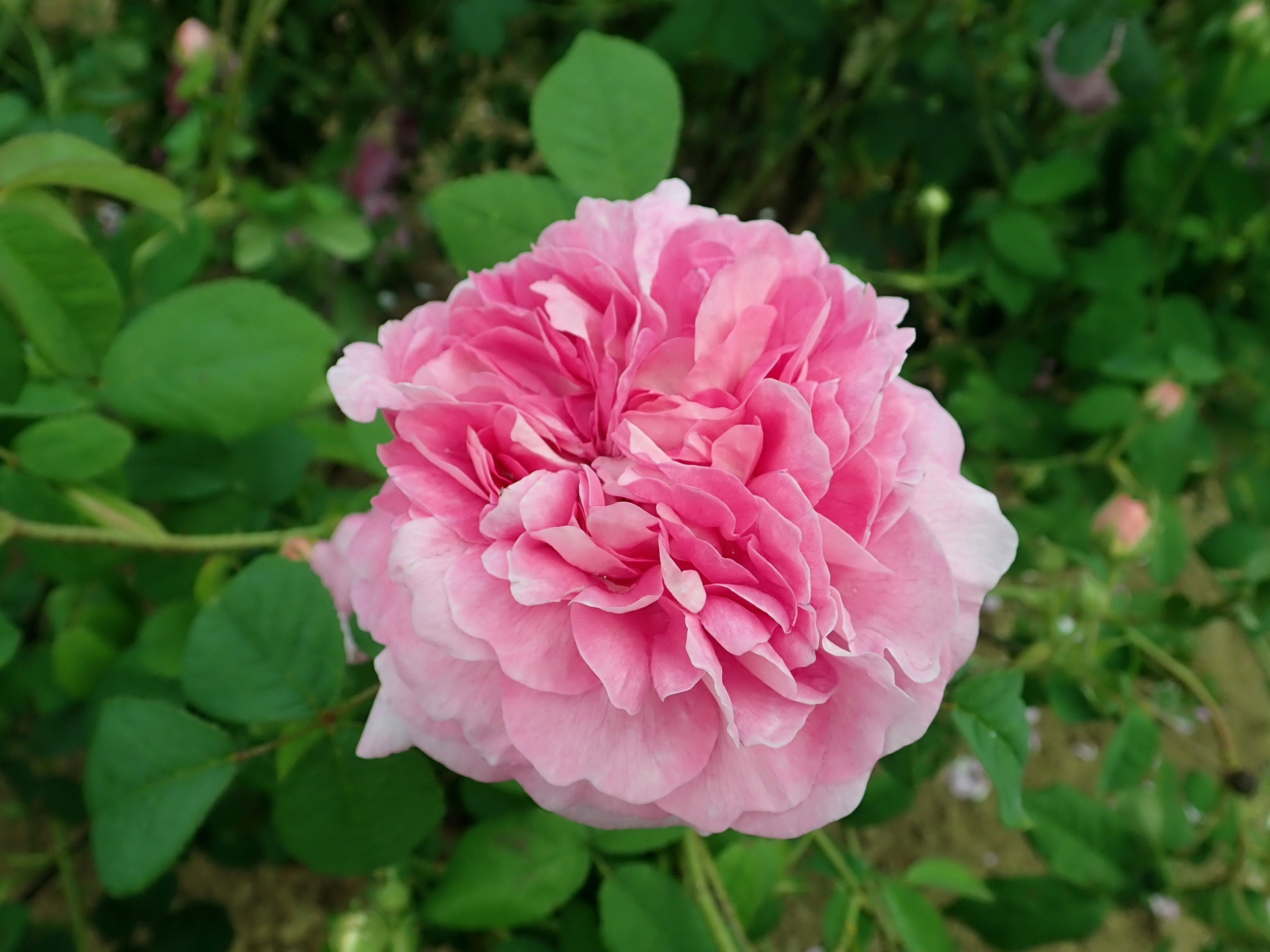
‘Henri Foucquier’, 1811
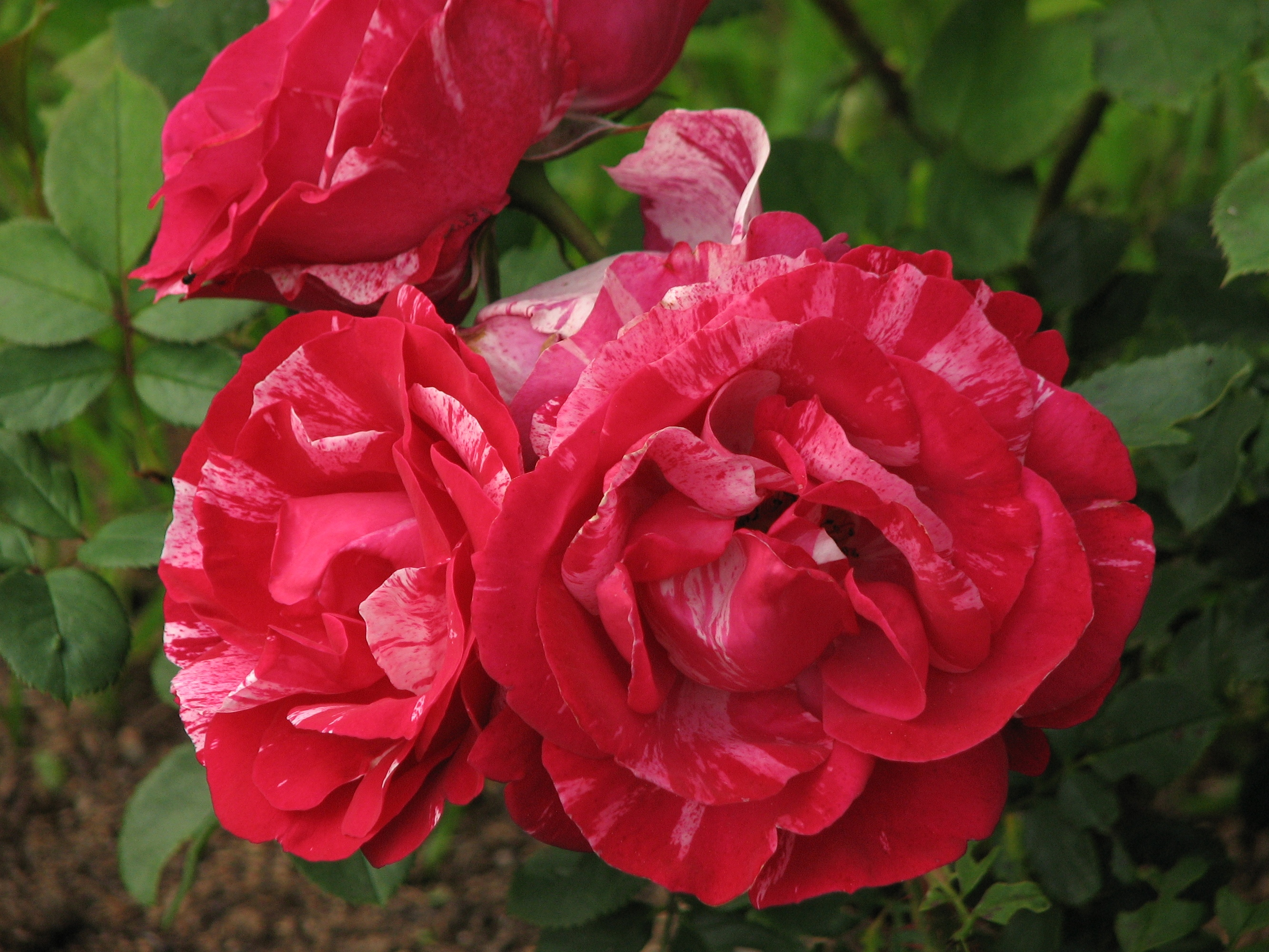
‘Henri Matisse’, George Delbard, 1993
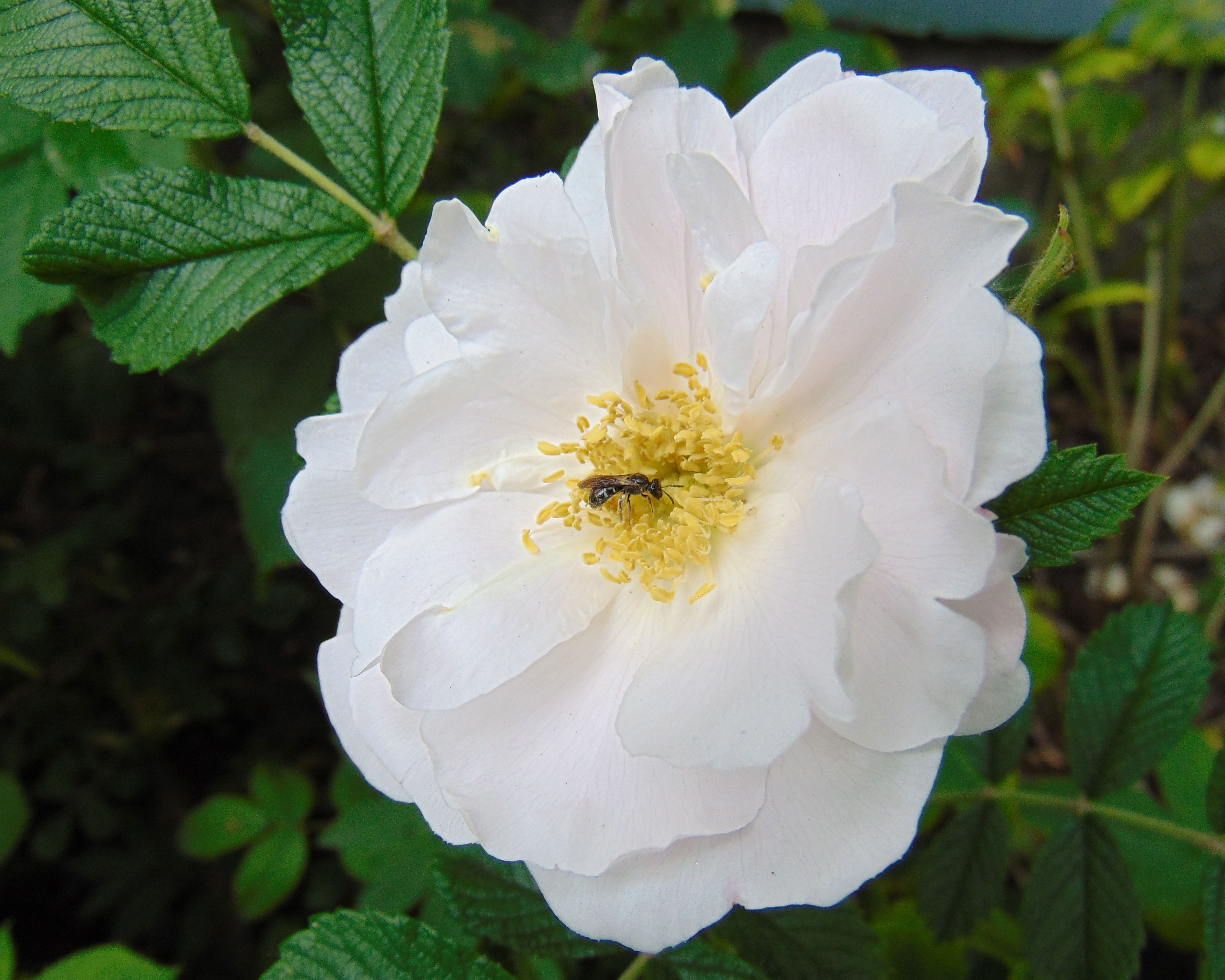
‘Henry Hudson’, Felicitas Svejda, 1966
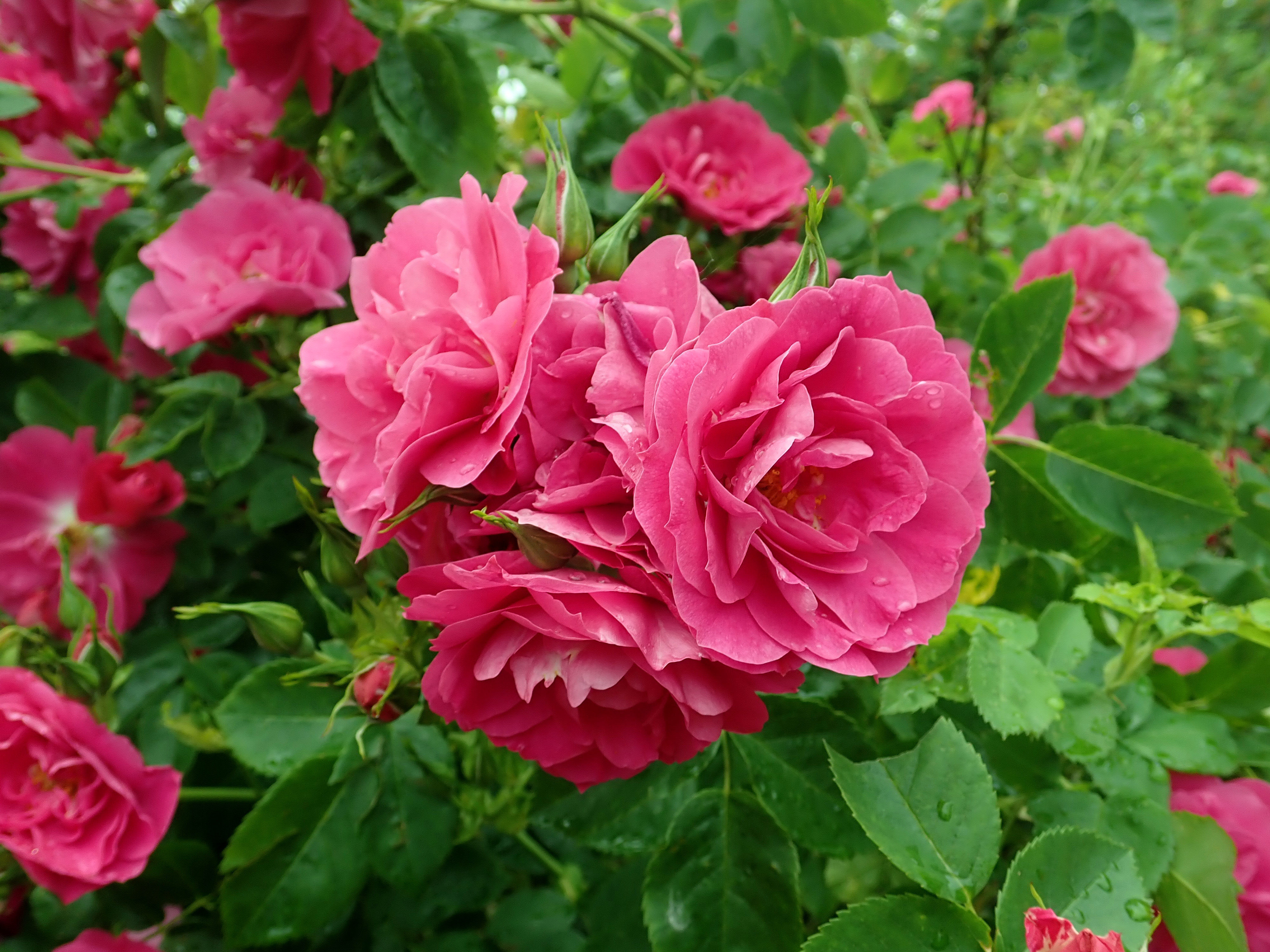
‘Henry Kelsey’, Felicitas Svejda, 1984
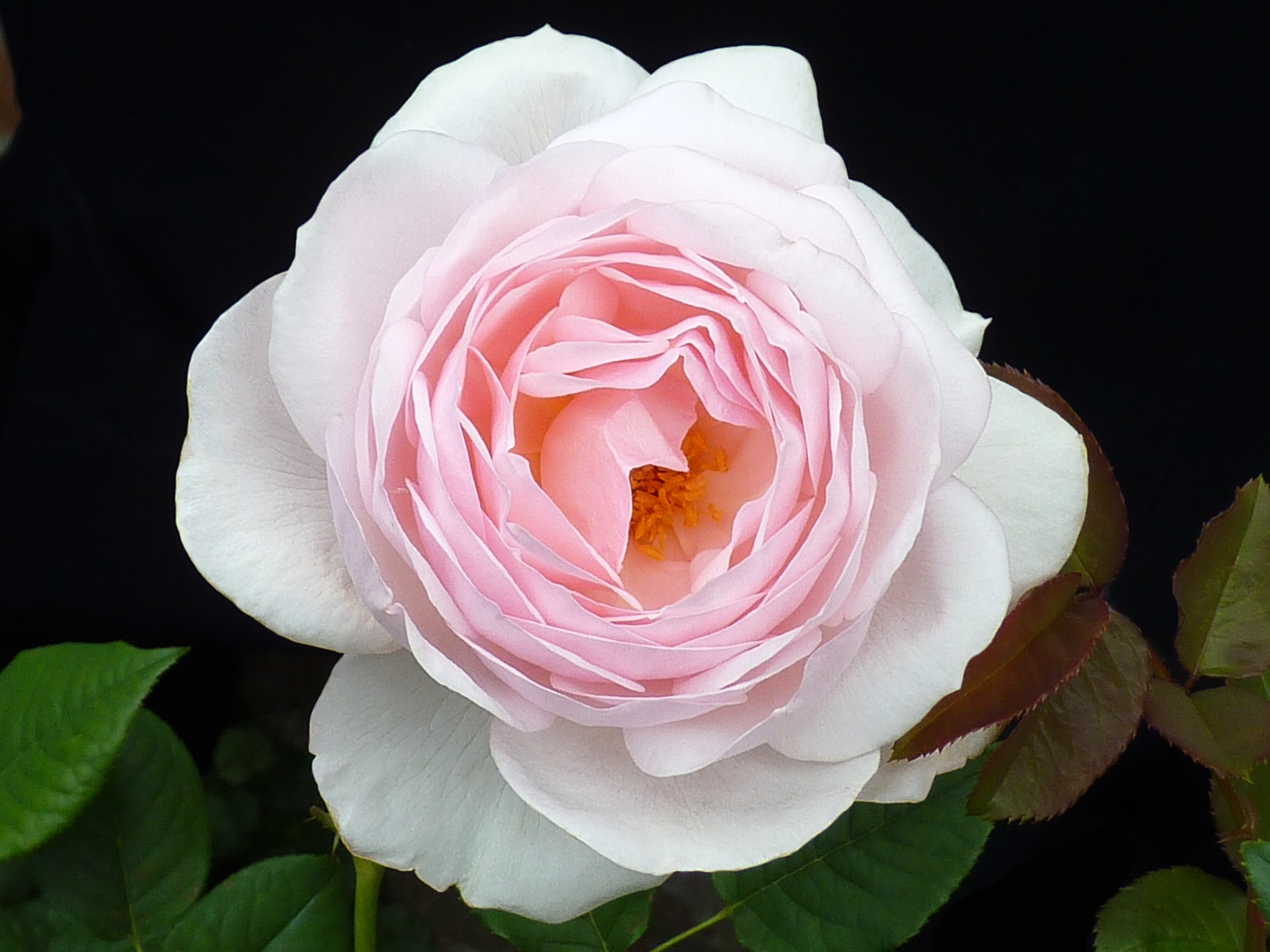
‘Heritage’, David Austin, 1984
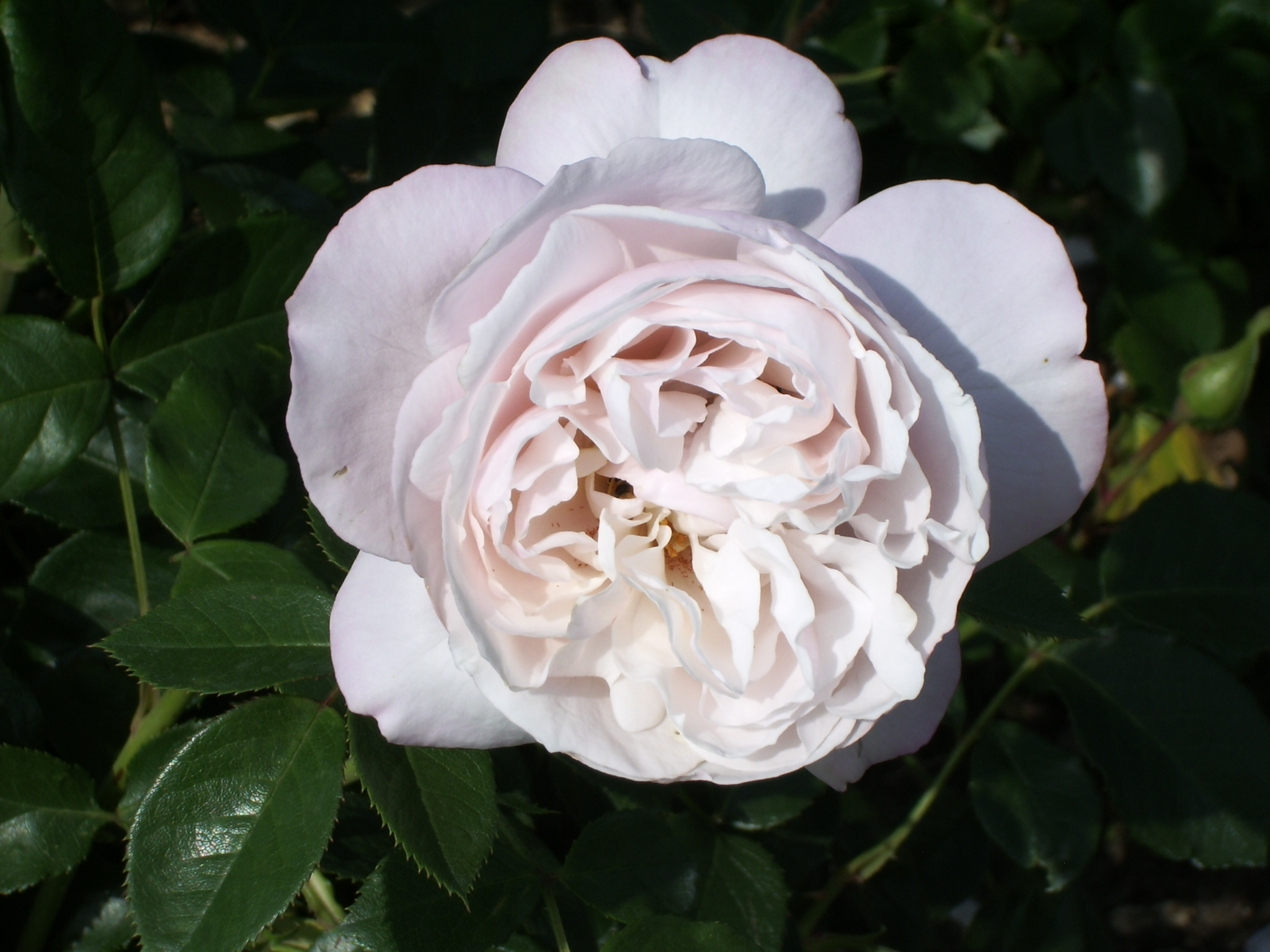
‘Herkules’, Kordes, 2007
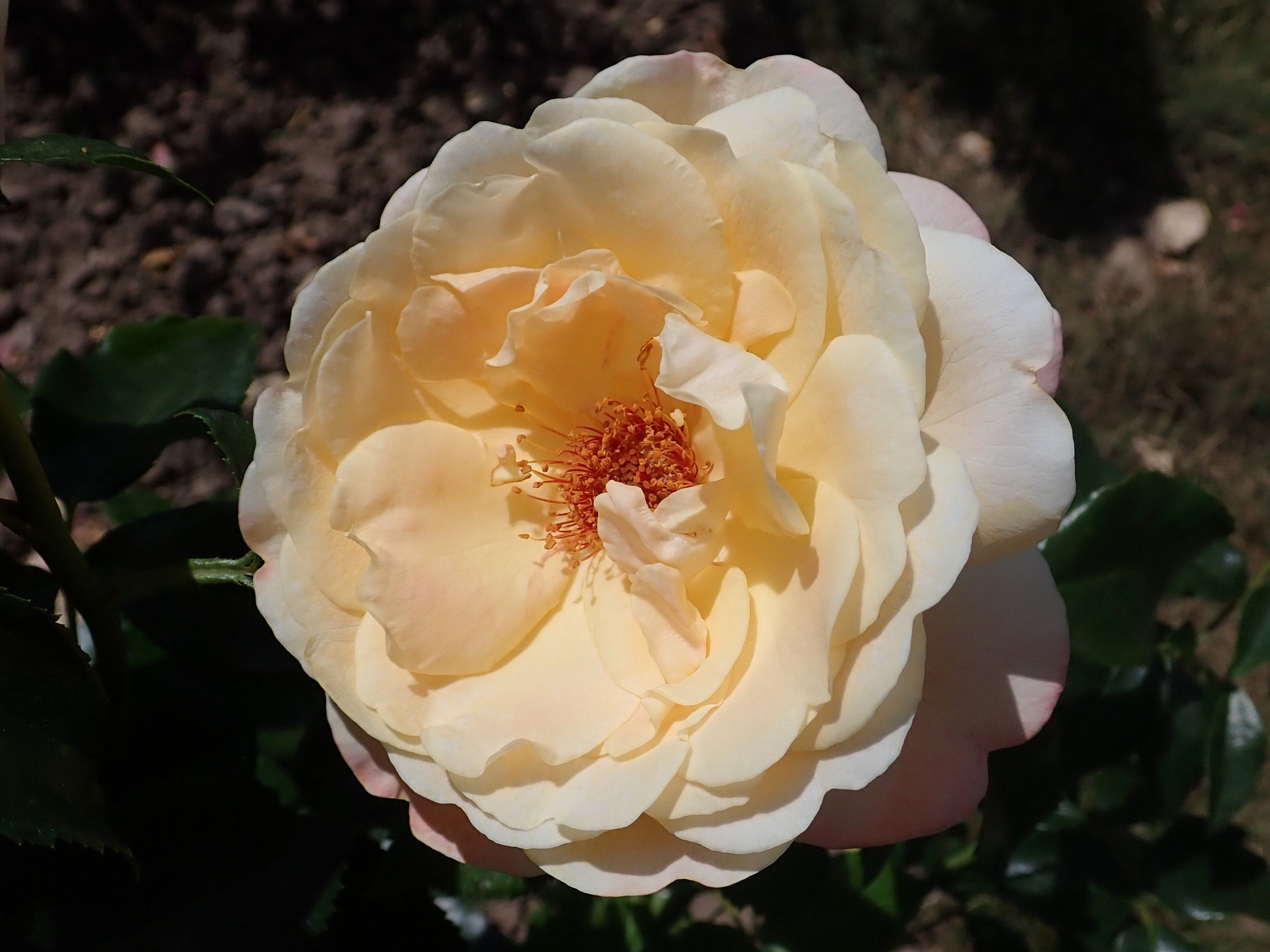
‘Hermann-Hesse-Rose’, Reinhard Noack, vor 2008
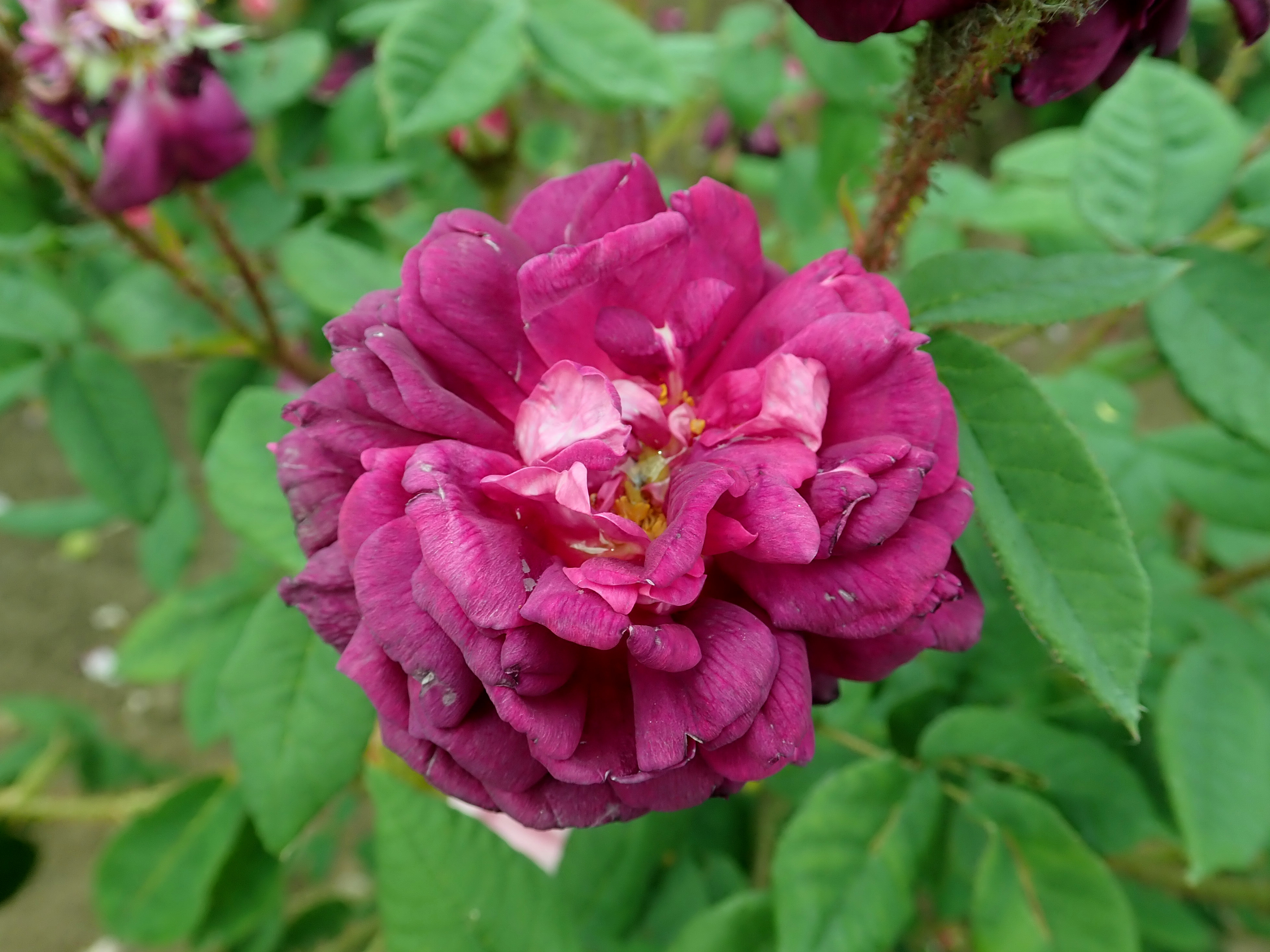
‘Hermann Kegel’, Portemer, 1849
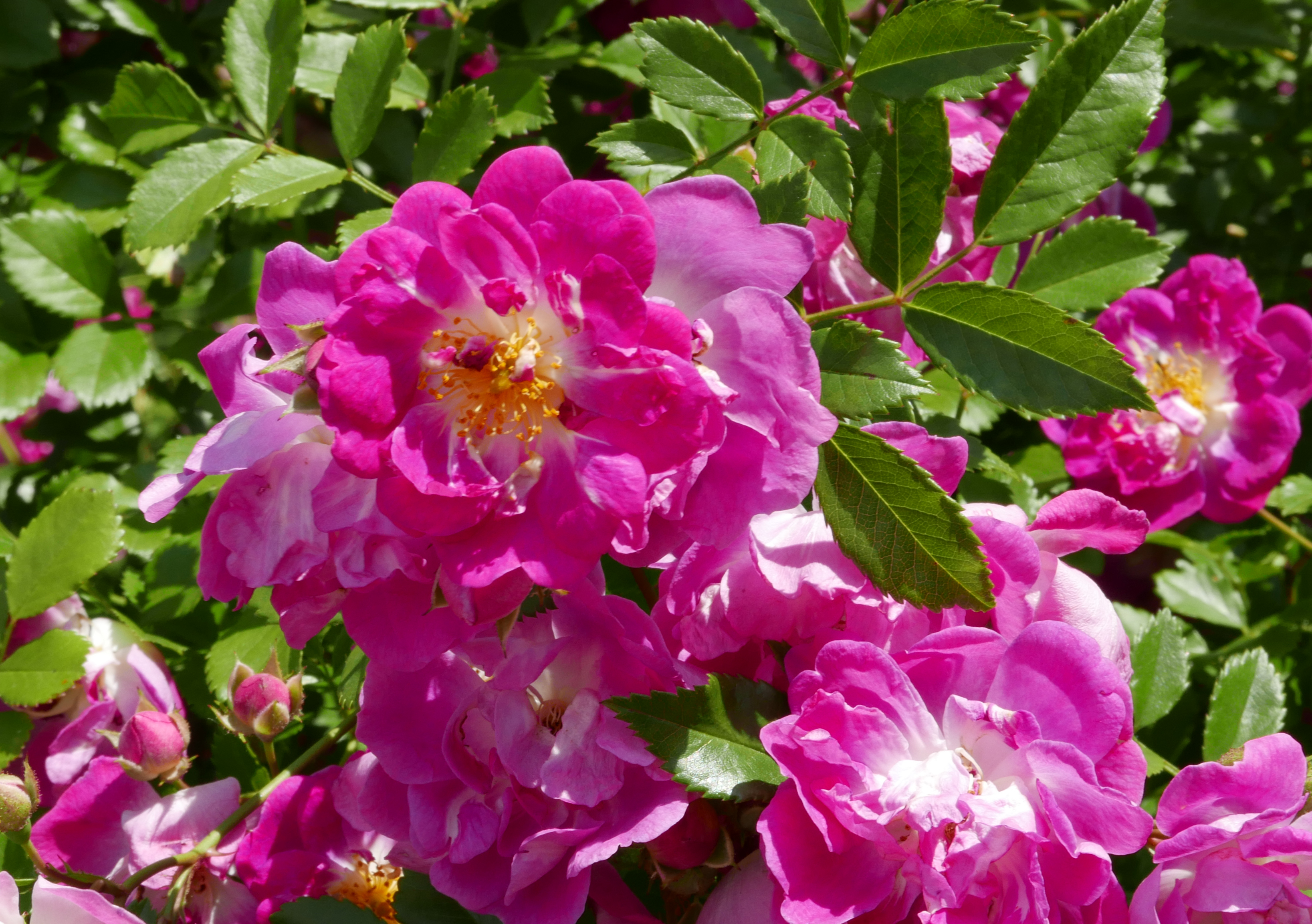
‘Hermann Schmidt’, Hetzel, 1986
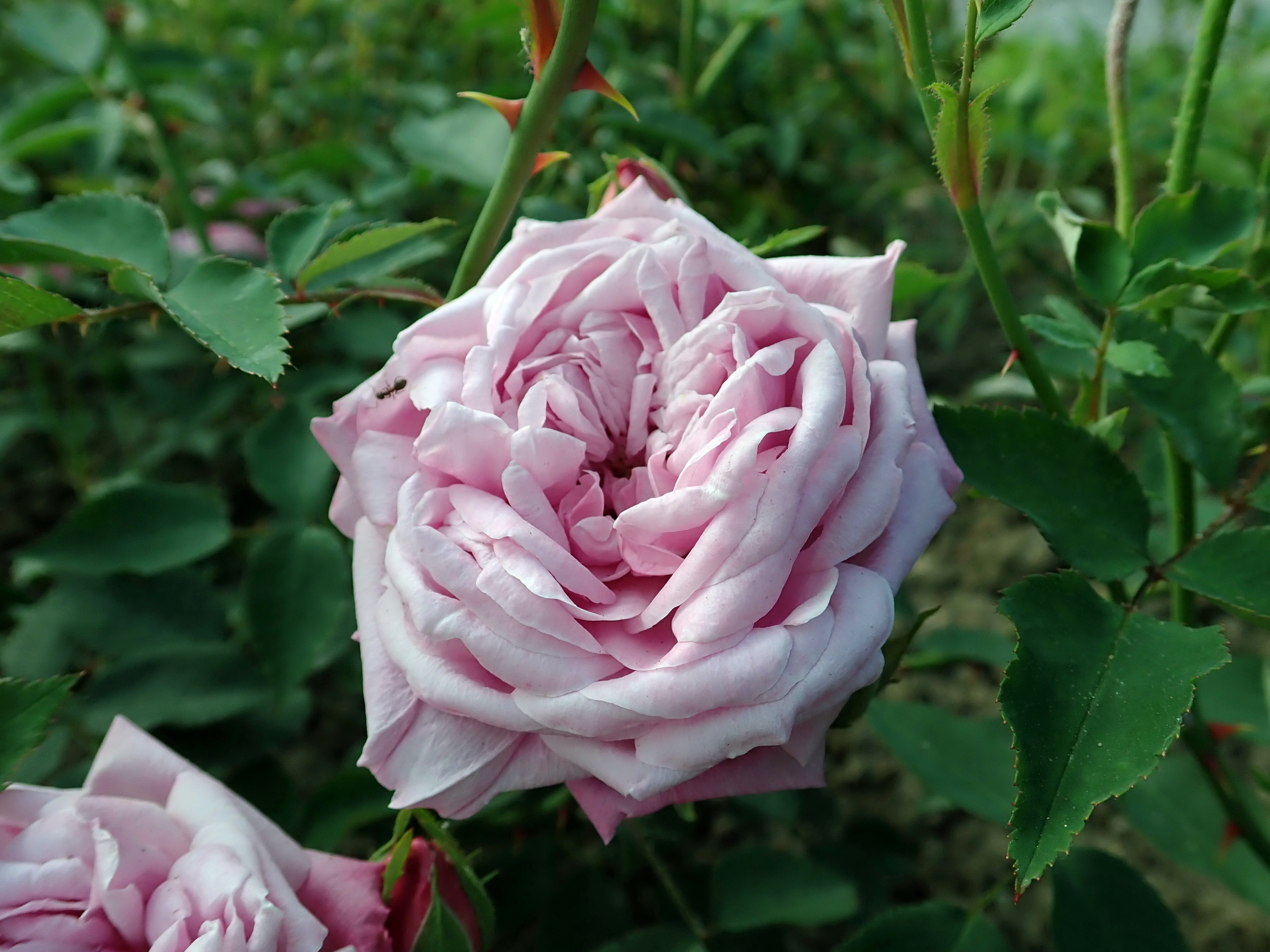
‘Hermosa’, Marcheseau, 1840
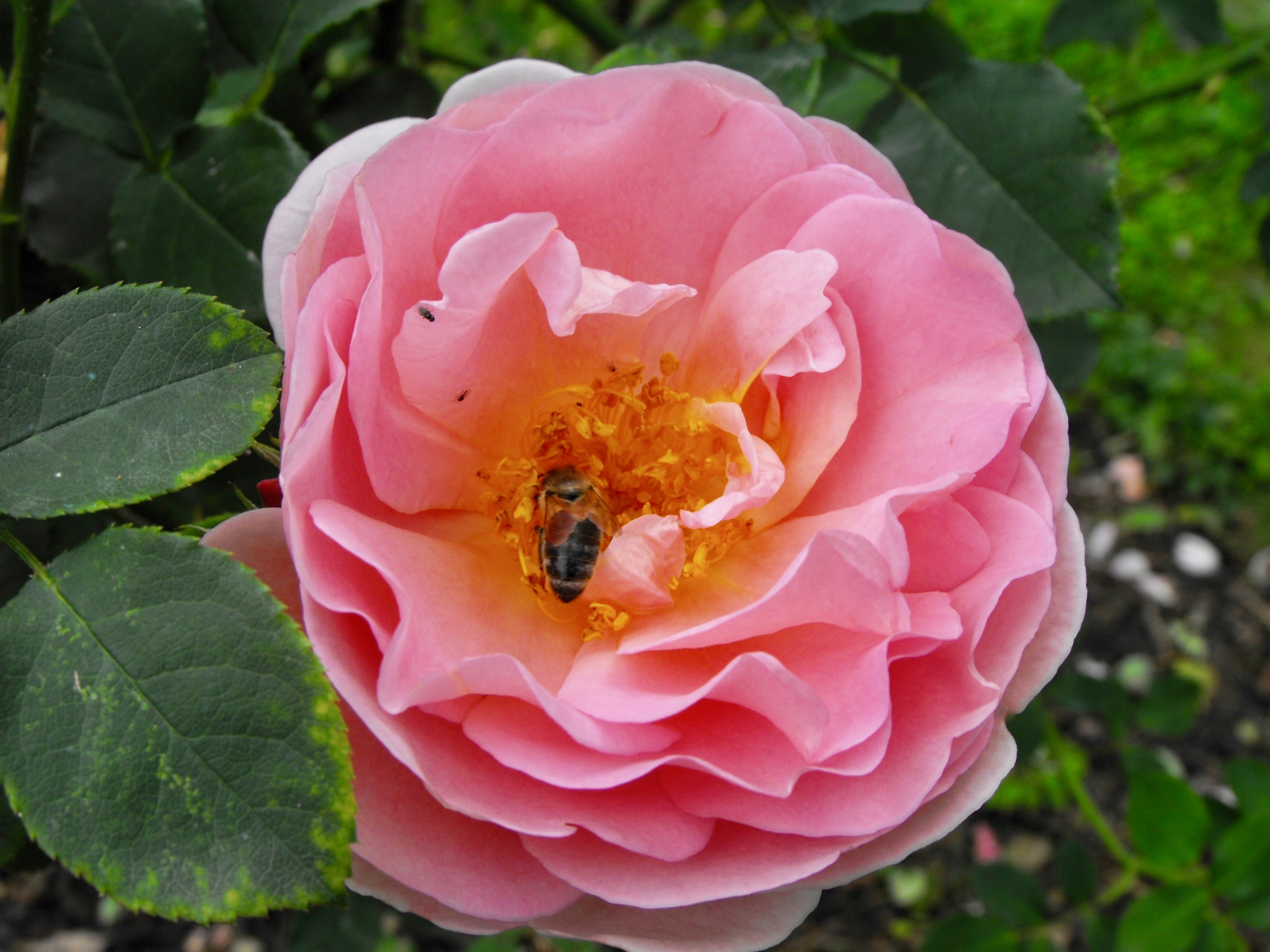
‘Hero’, Austin, 1993
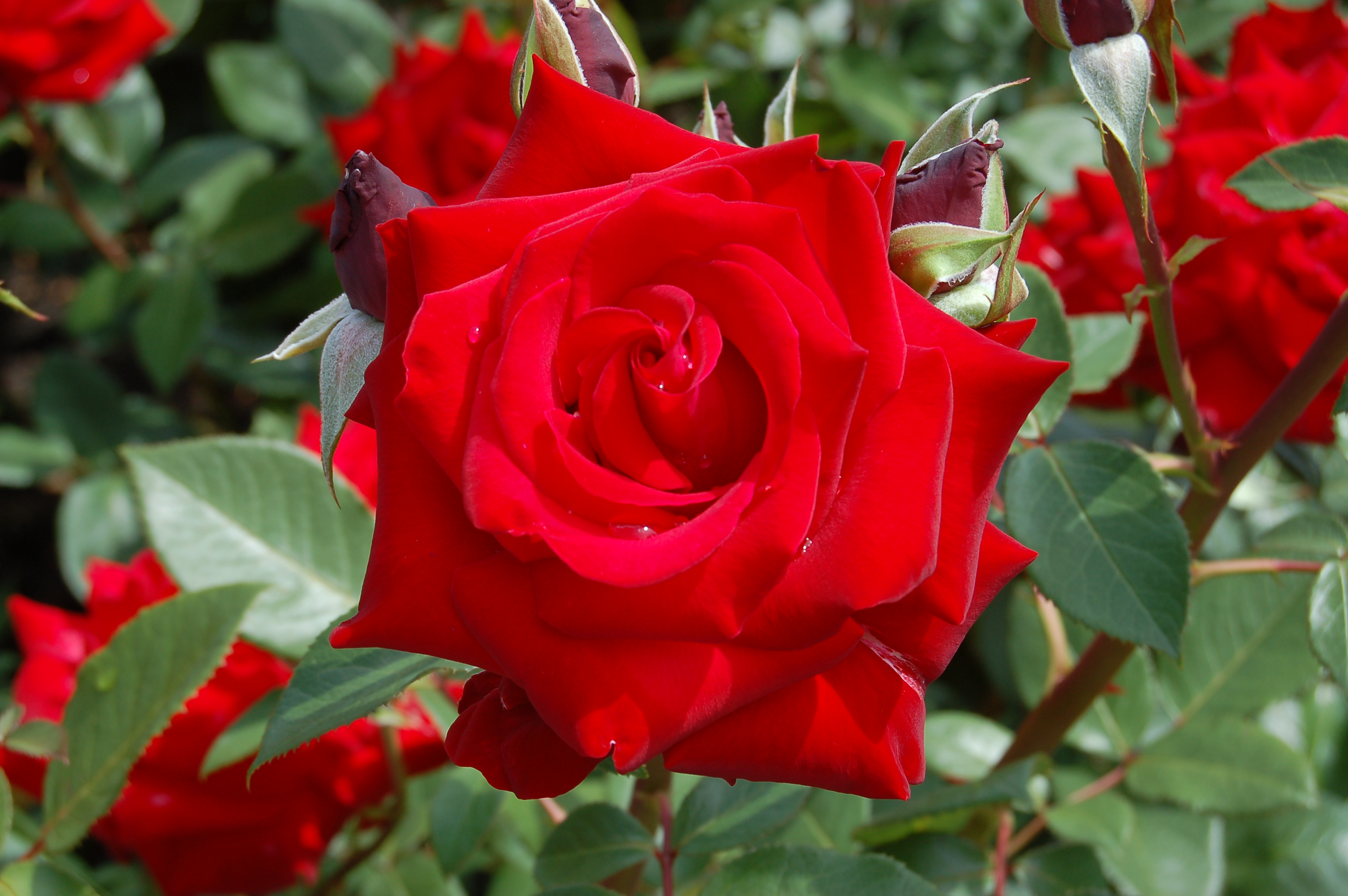
‘Herz Ass’, Tantau, 1998
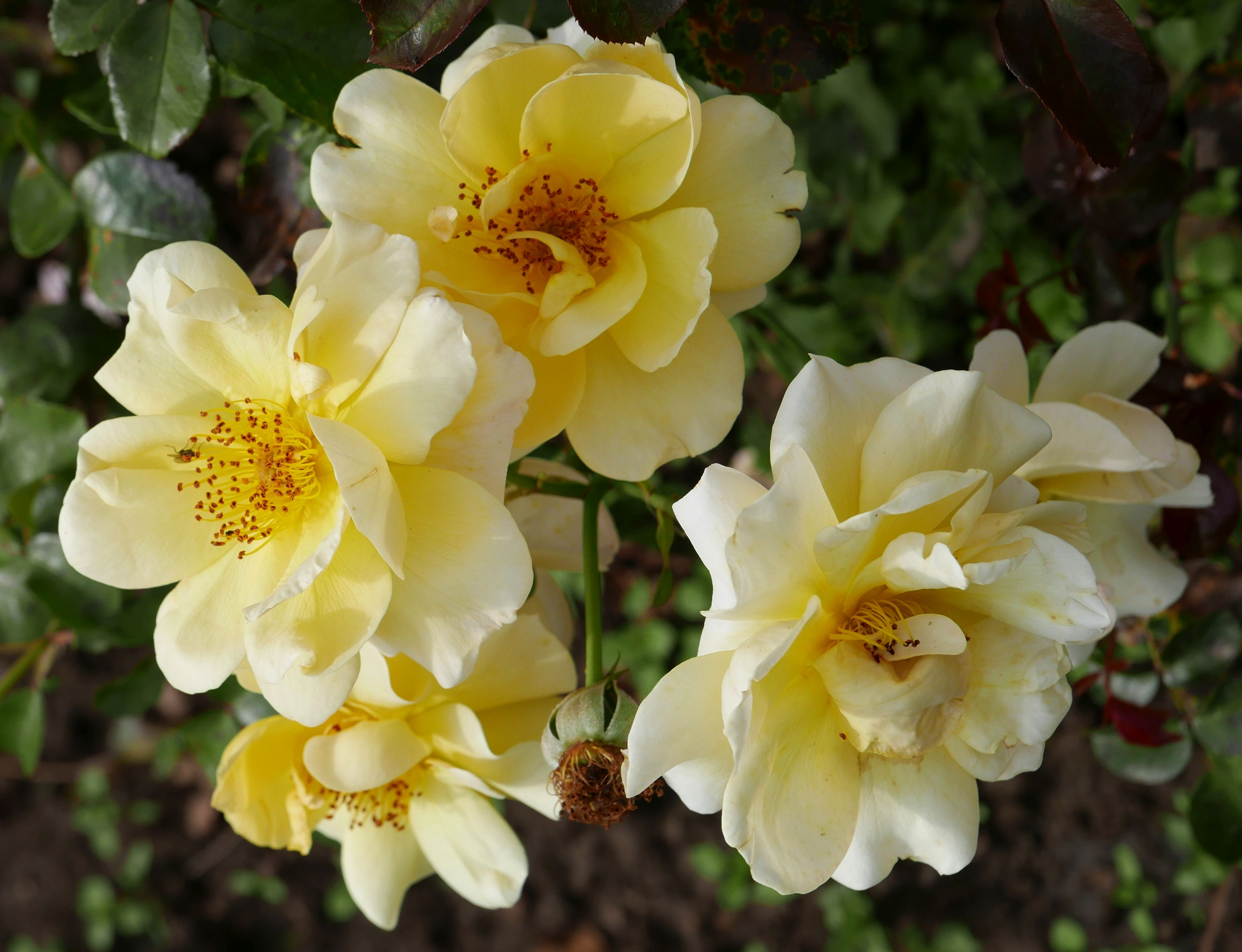
‘Herzog Franz Rose’, Wänninger, 2001
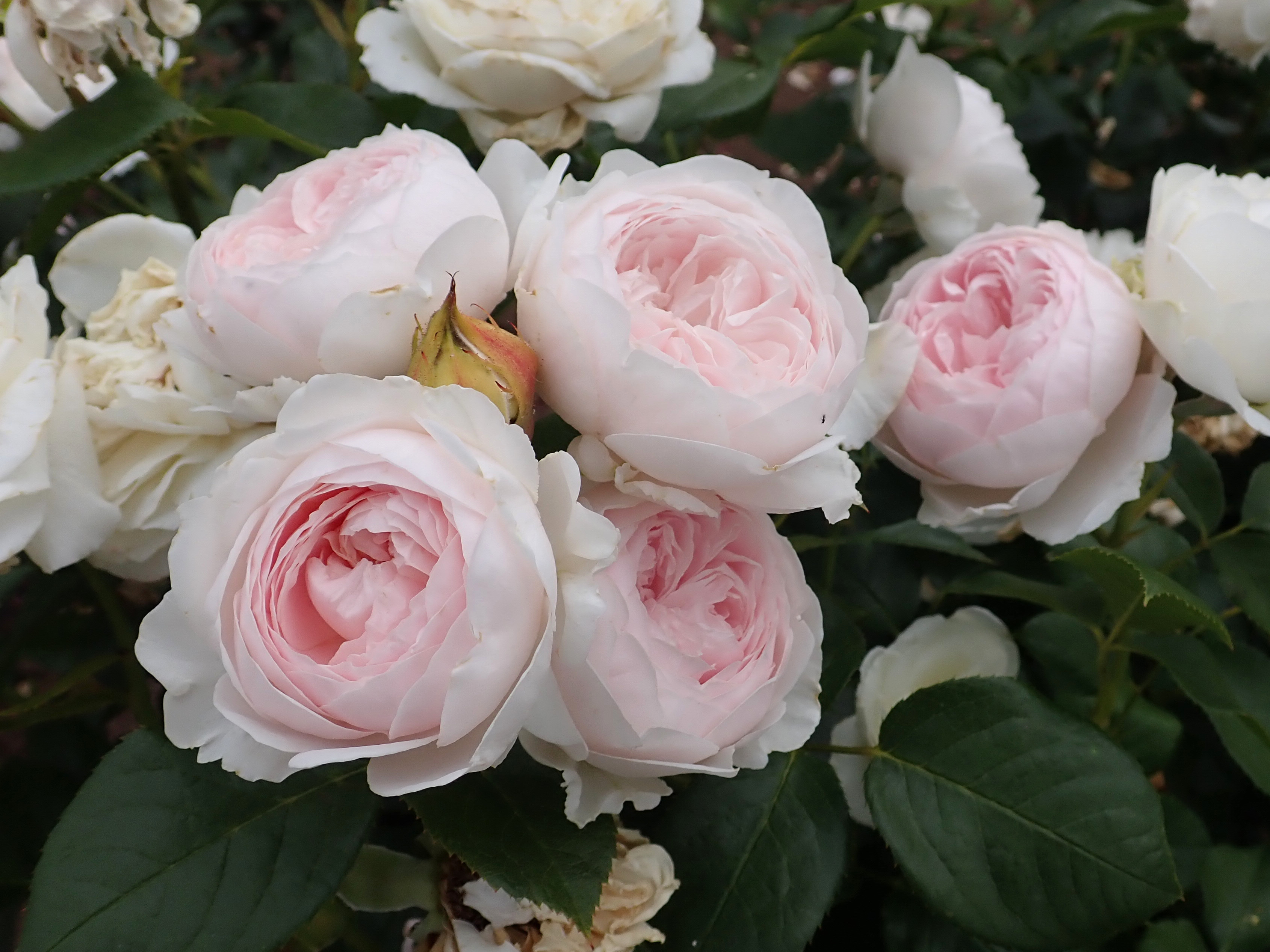
‘Herzogin Christiana’, Kordes, 2013
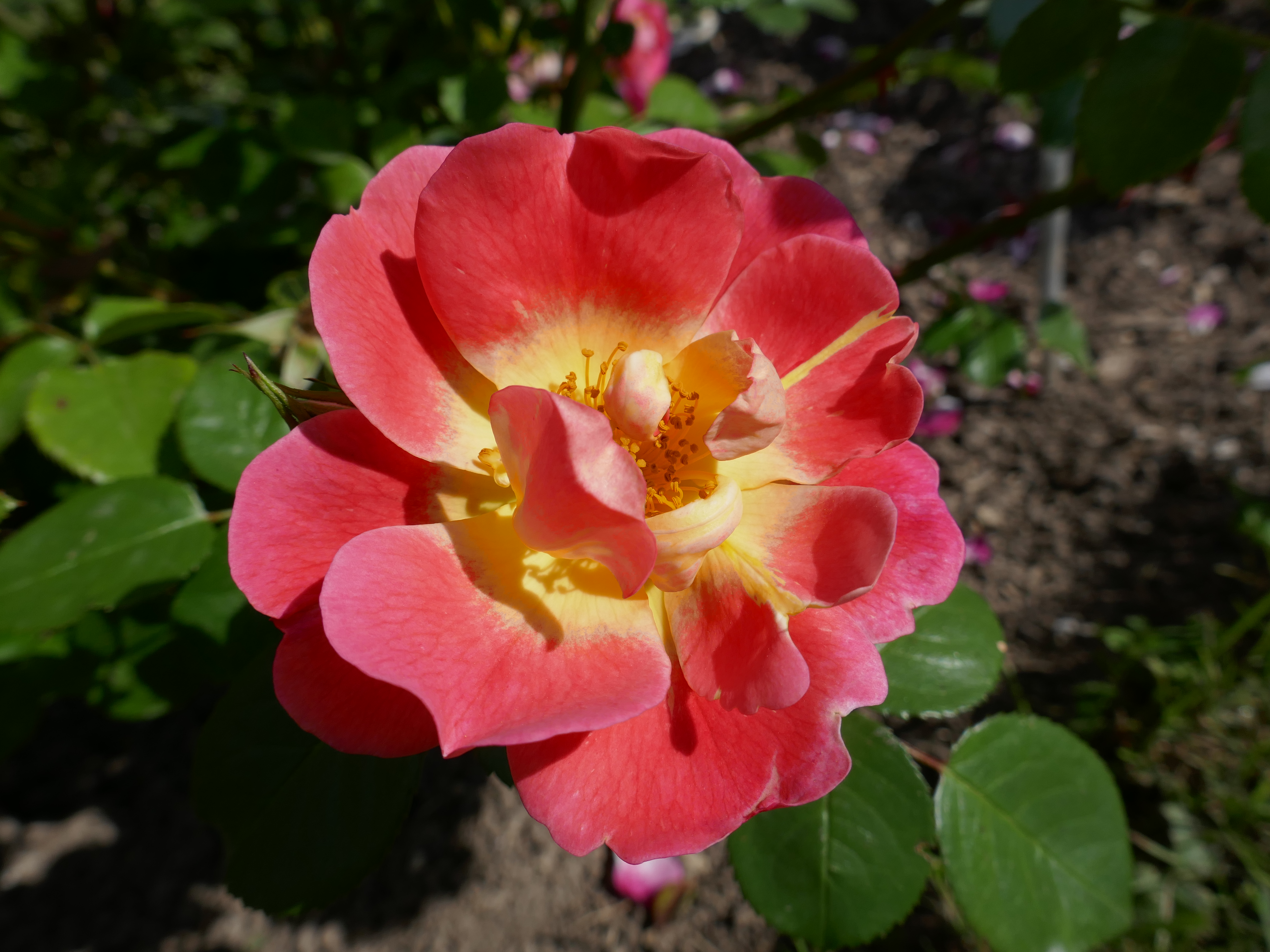
‘Herzogin Friederike’, Noack, 2002
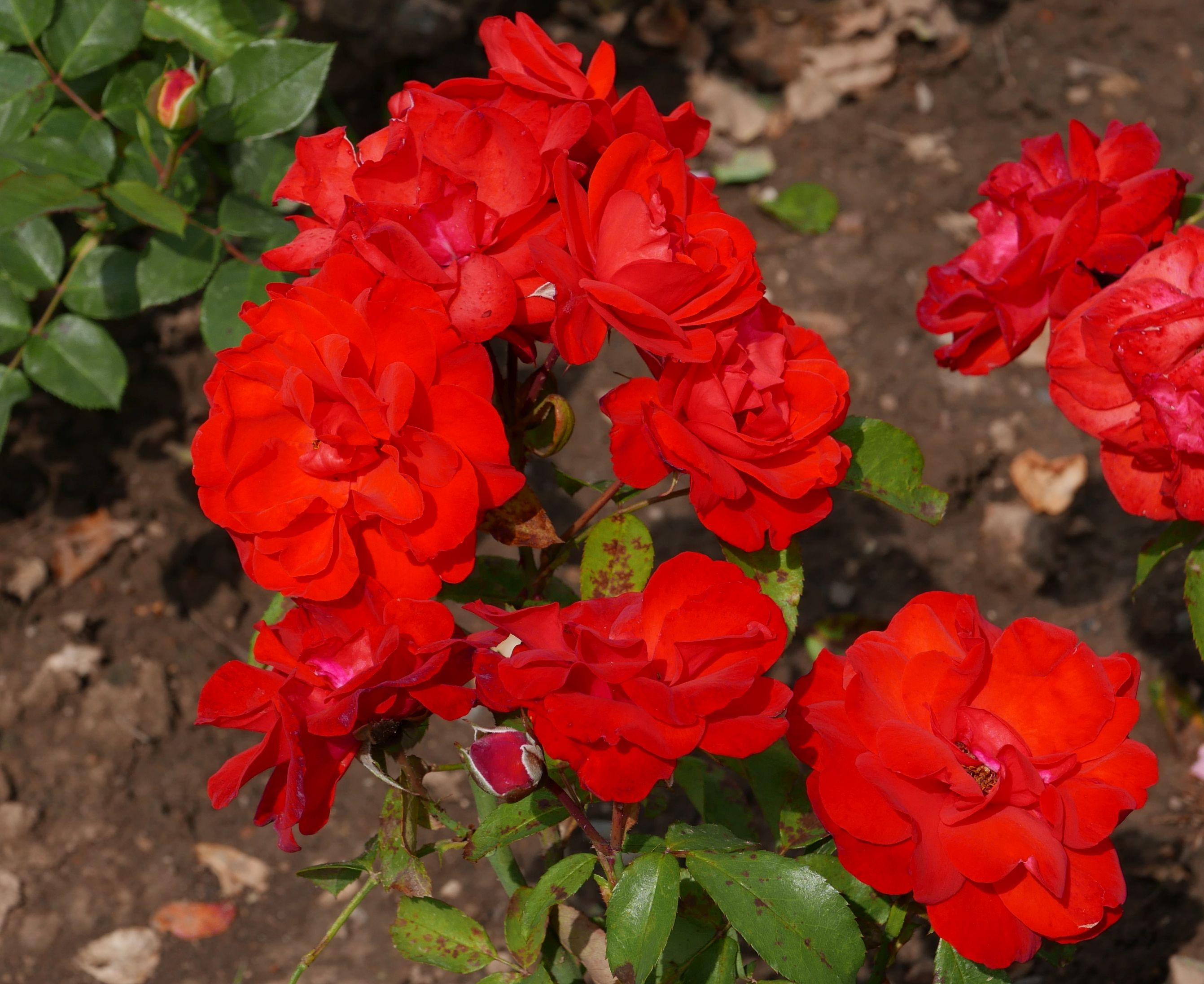
‘Heyden’, Schmadlak, unbekannt
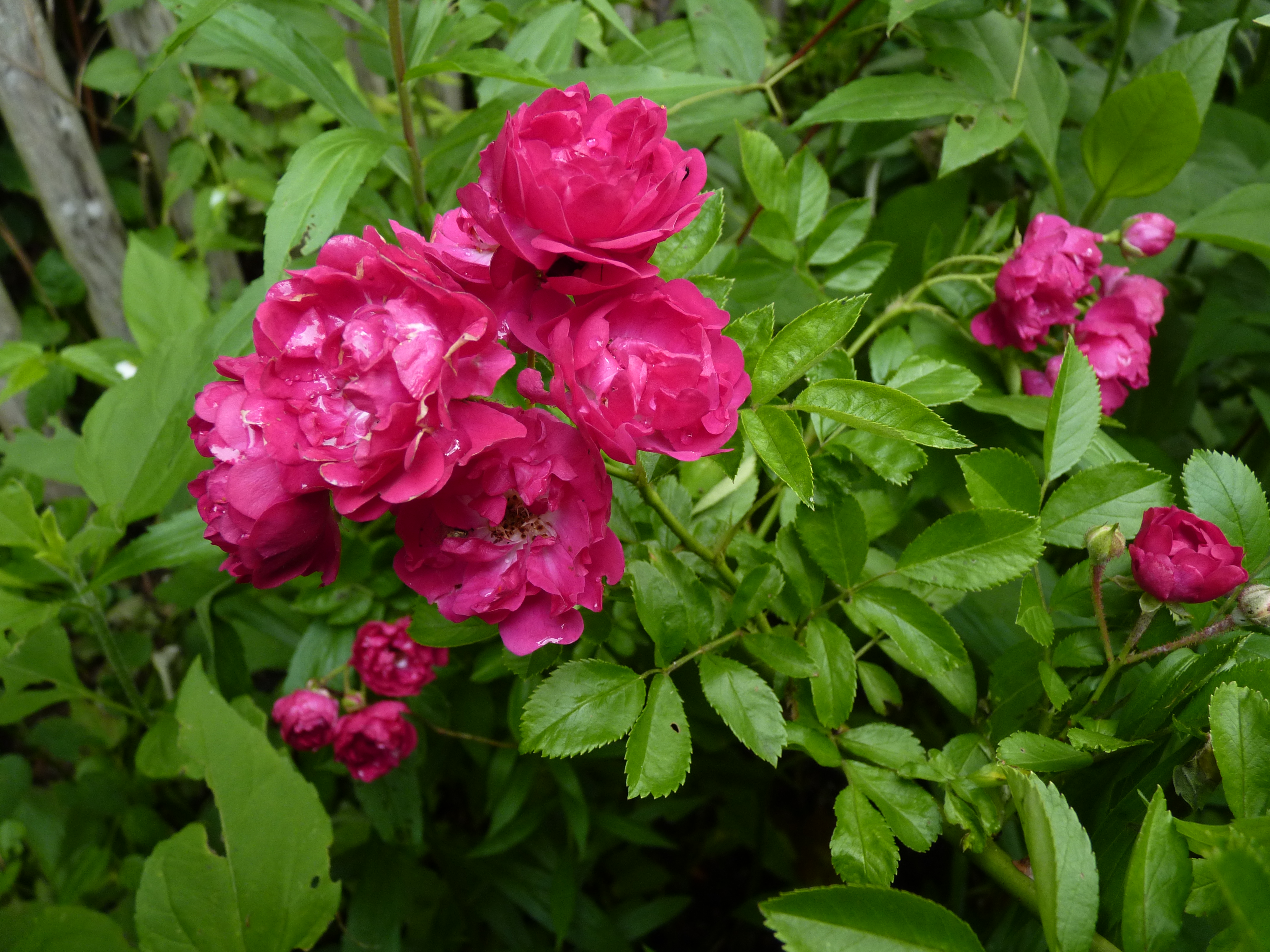
‘Hiawatha’, Walsh, 1904
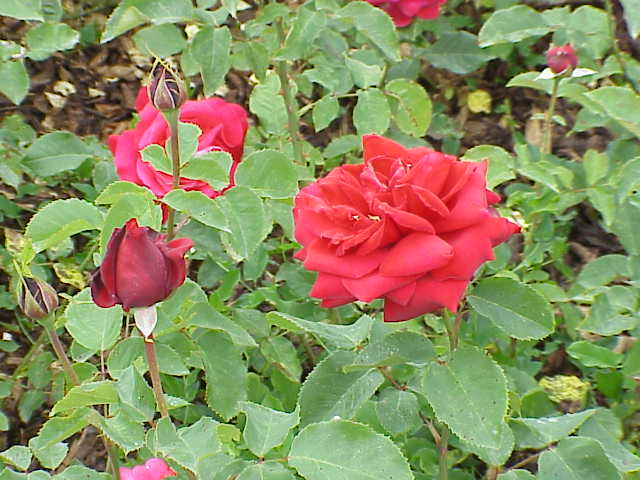
‘Hidalgo’, Meilland, 1979
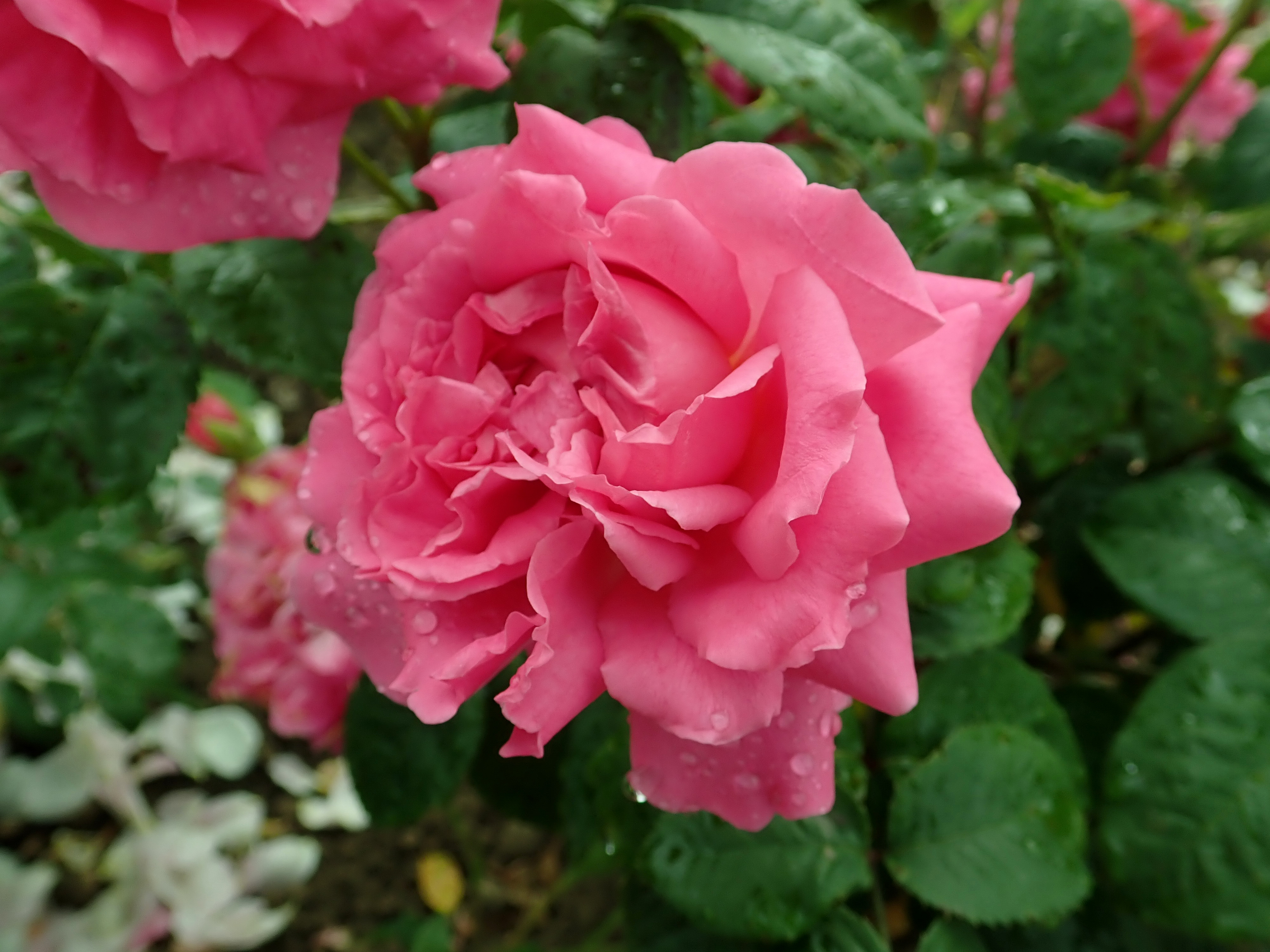
‘Hilda Murrell’, David Austin, 1984
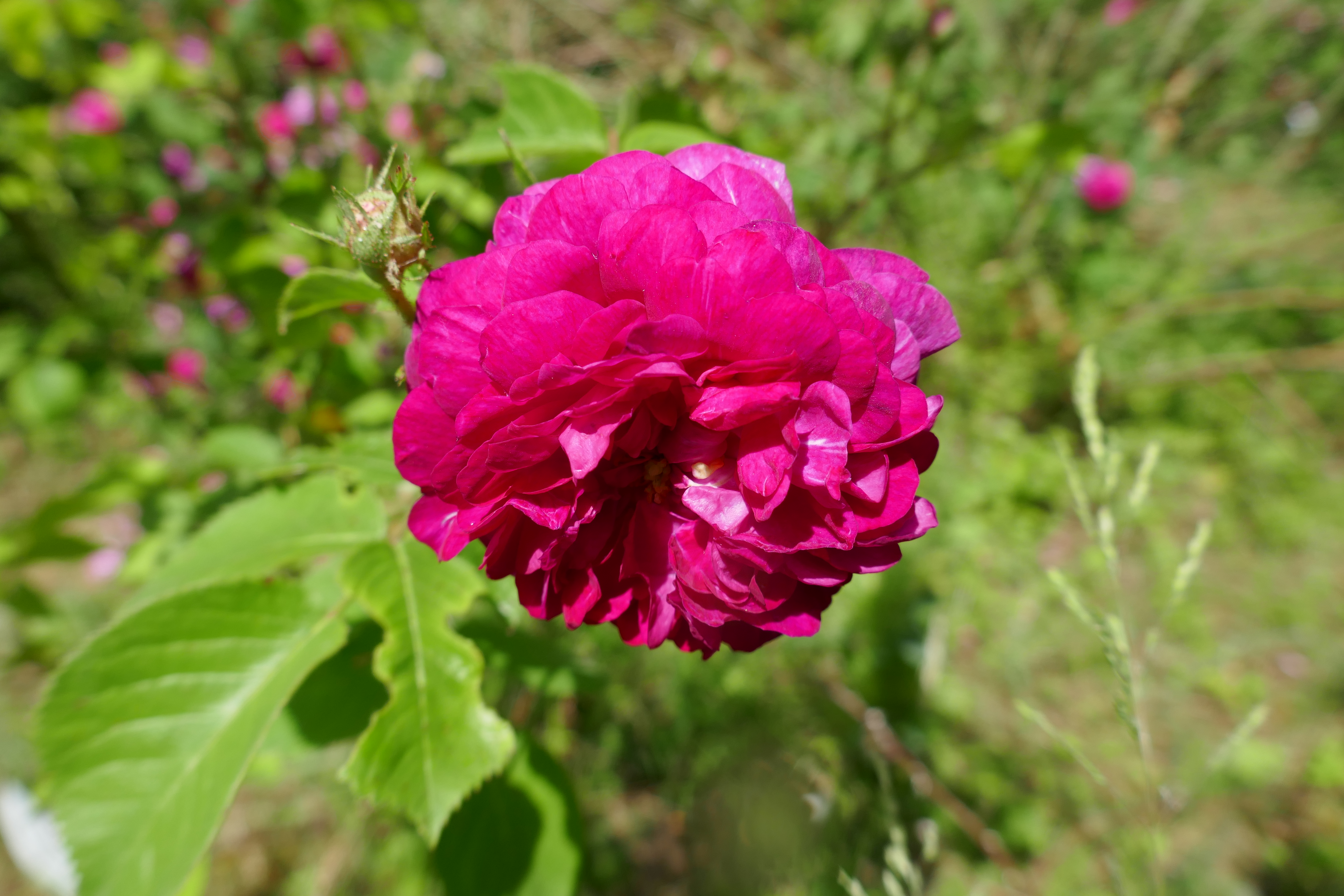
‘Himmelsauge’, Geschwind, < 1893
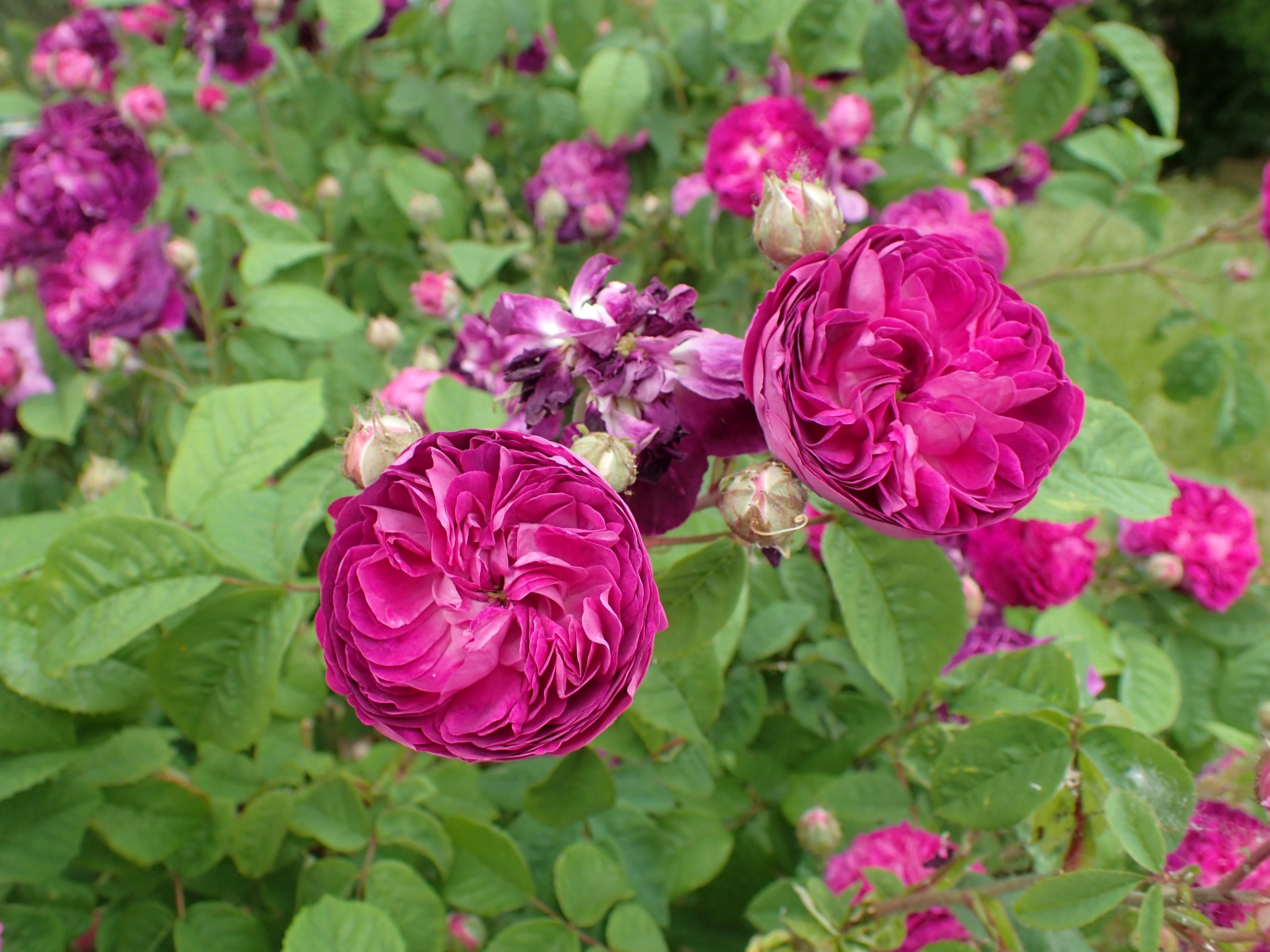
‘Hippolyte’, Parmentier, vor 1842
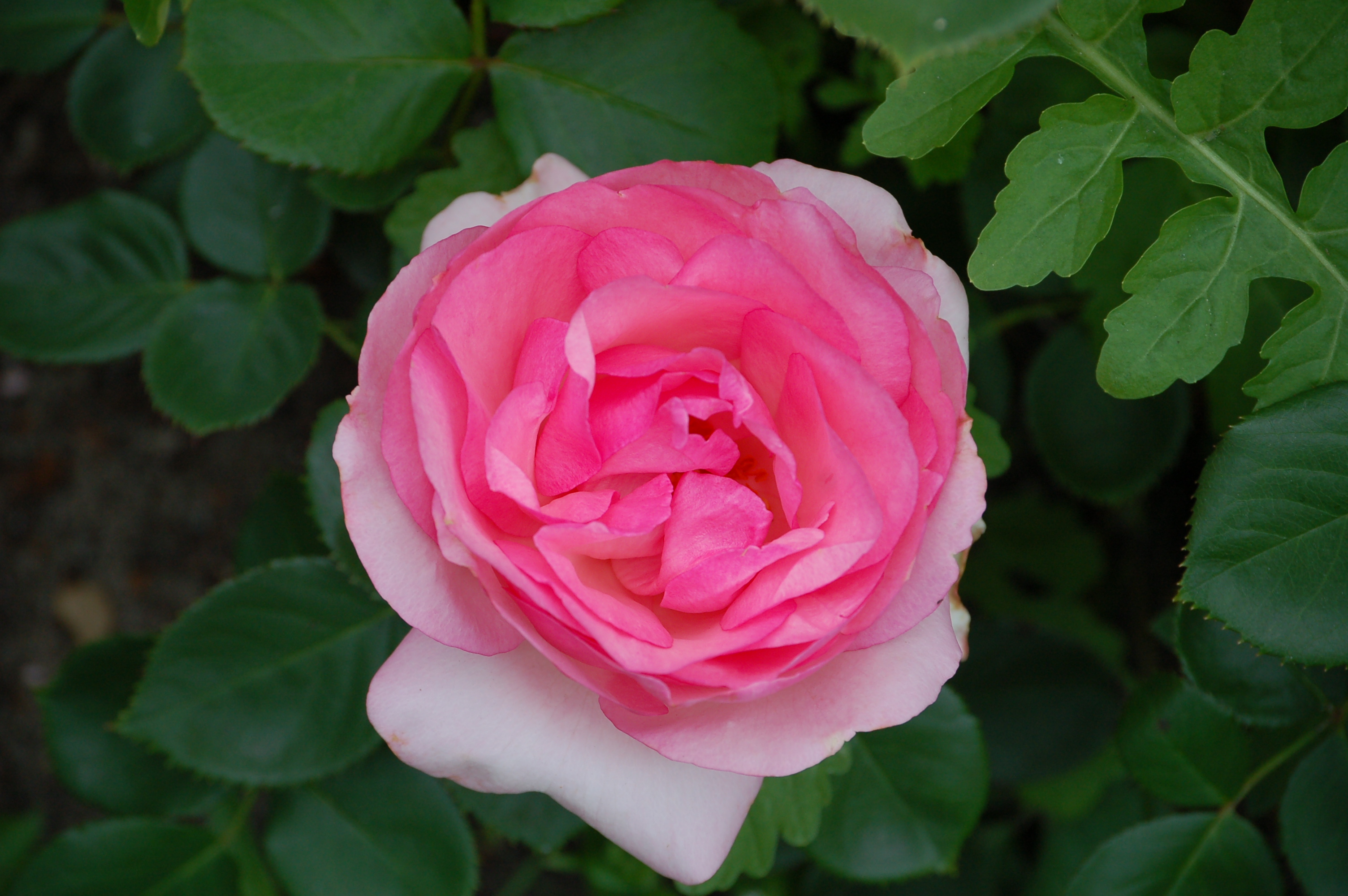
‘History’, Tantau, 2002
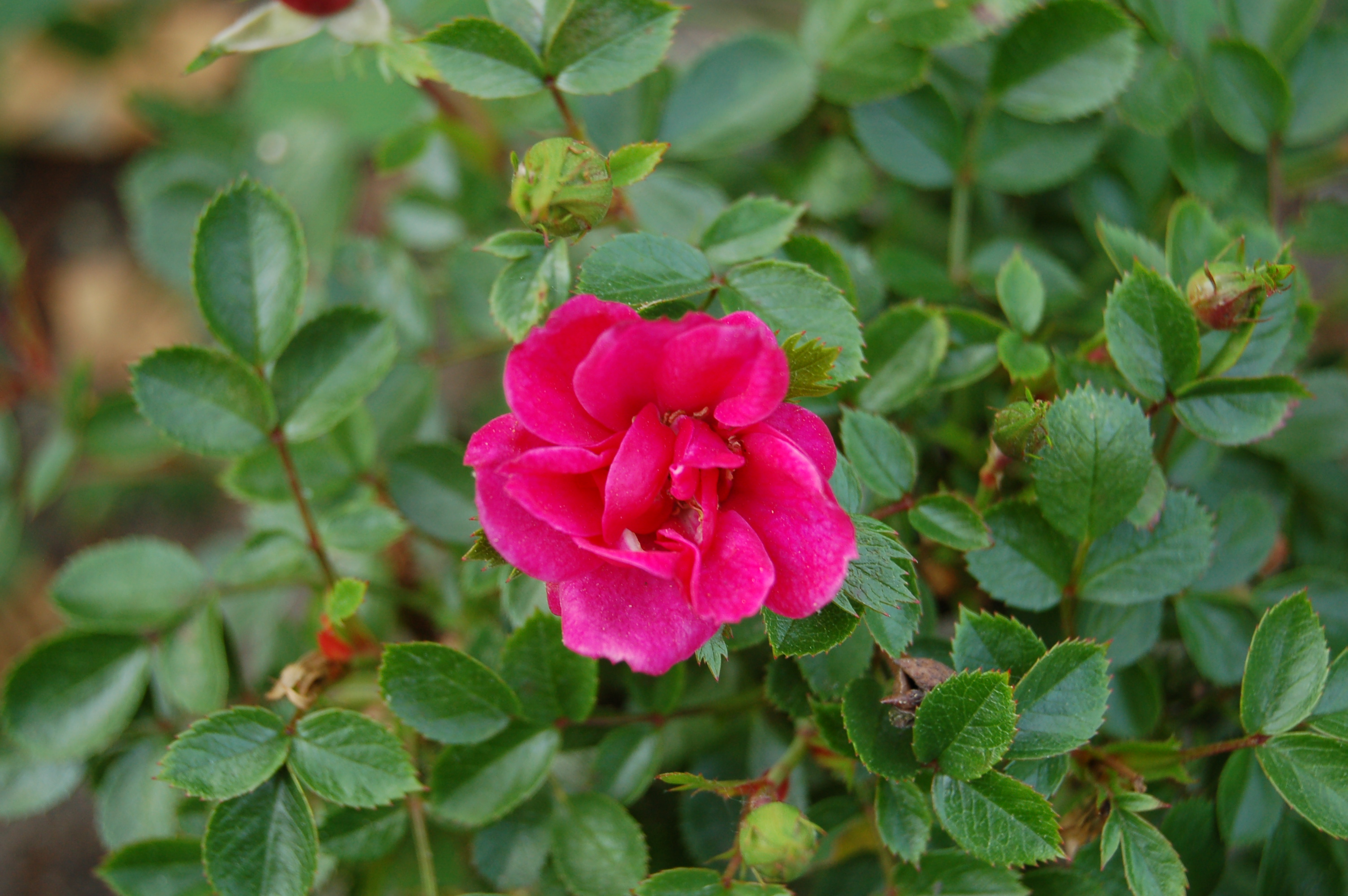
‘Hobby’, Tantau, 2001
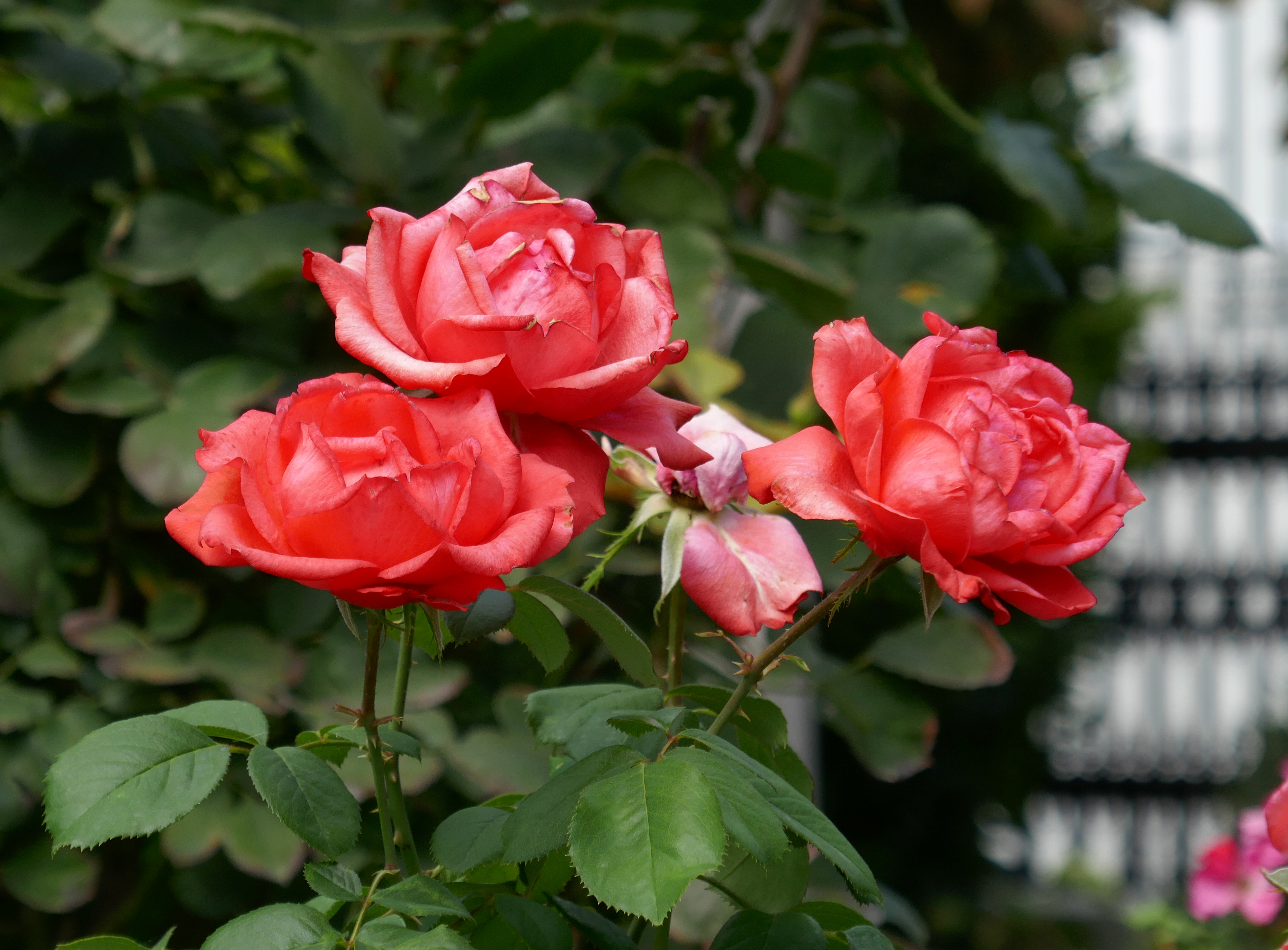
‘Holsteinperle’, Kordes, 1987
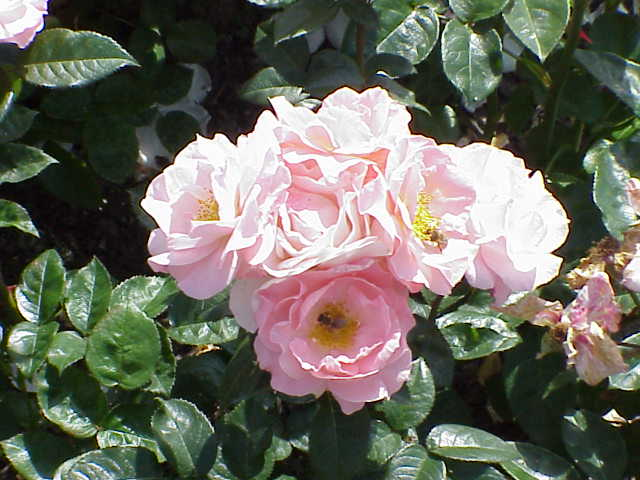
‘Holstentor’, Meilland, 1990
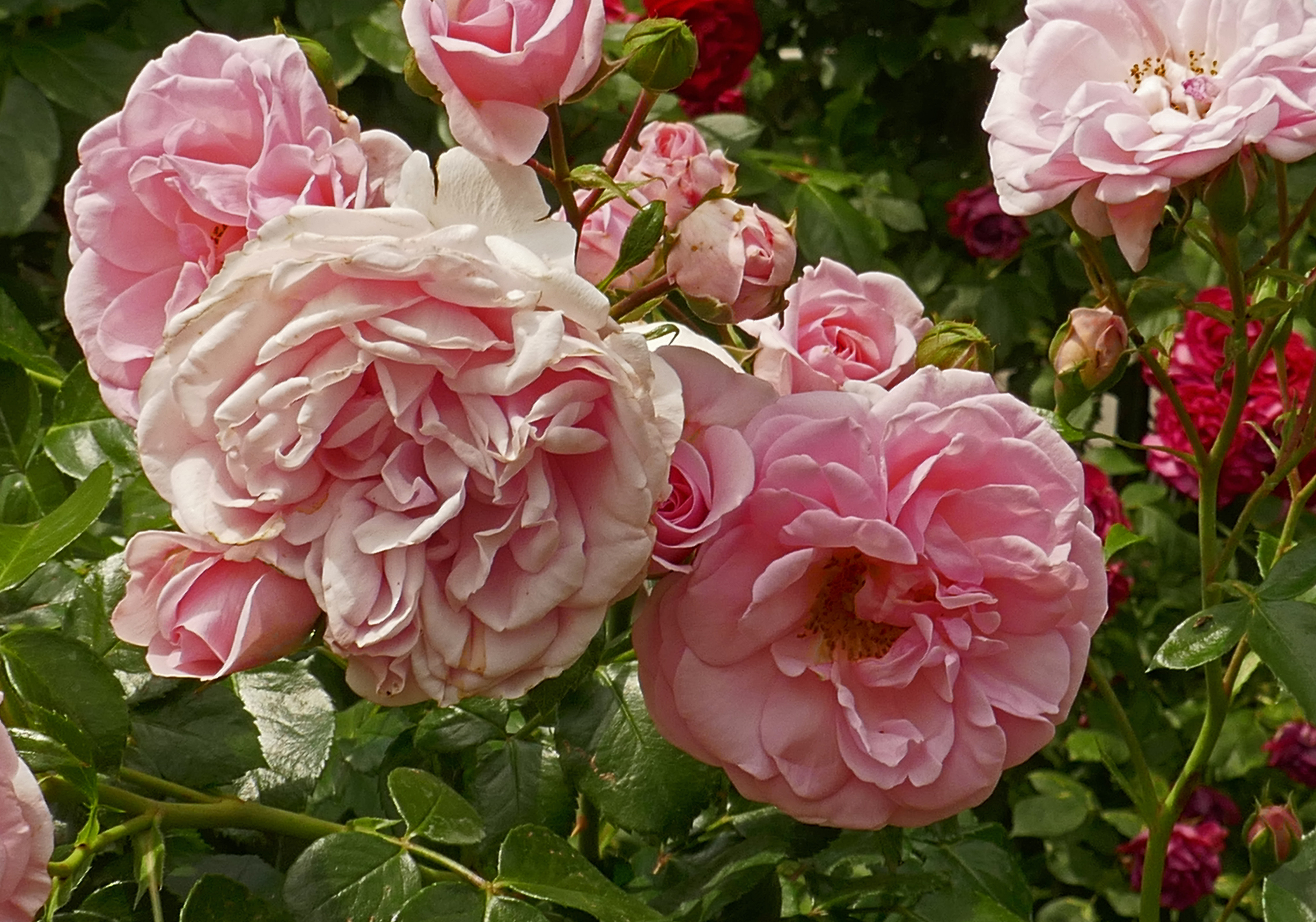
‘Home and Garden’, Kordes, 2001
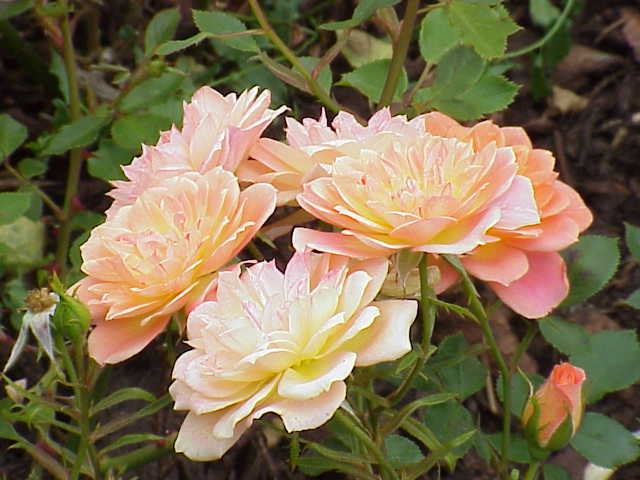
‘Honey Bunch’, Cocker, 1990
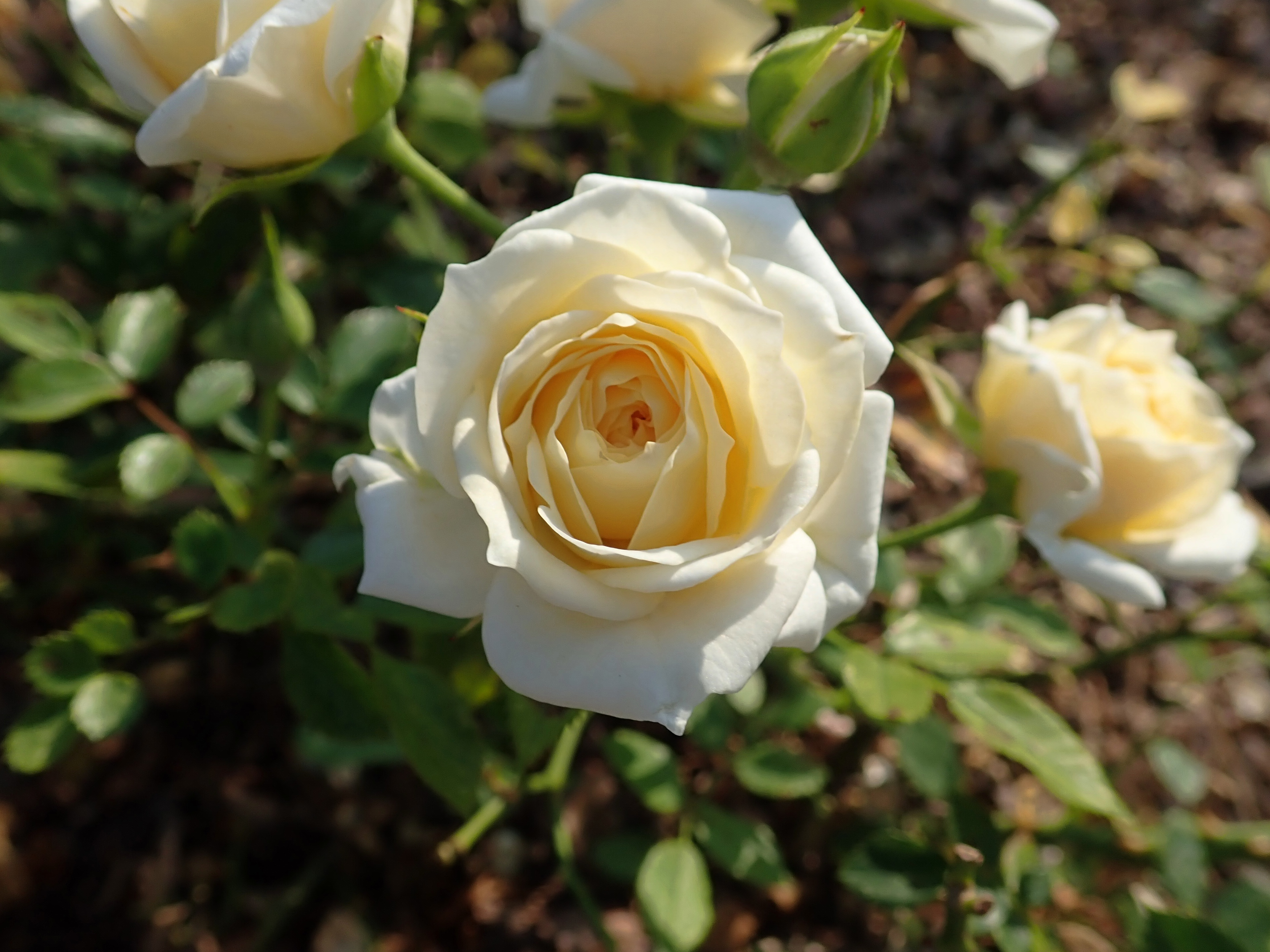
‘Honeymilk’, Evers/Tantau, 1998/2002
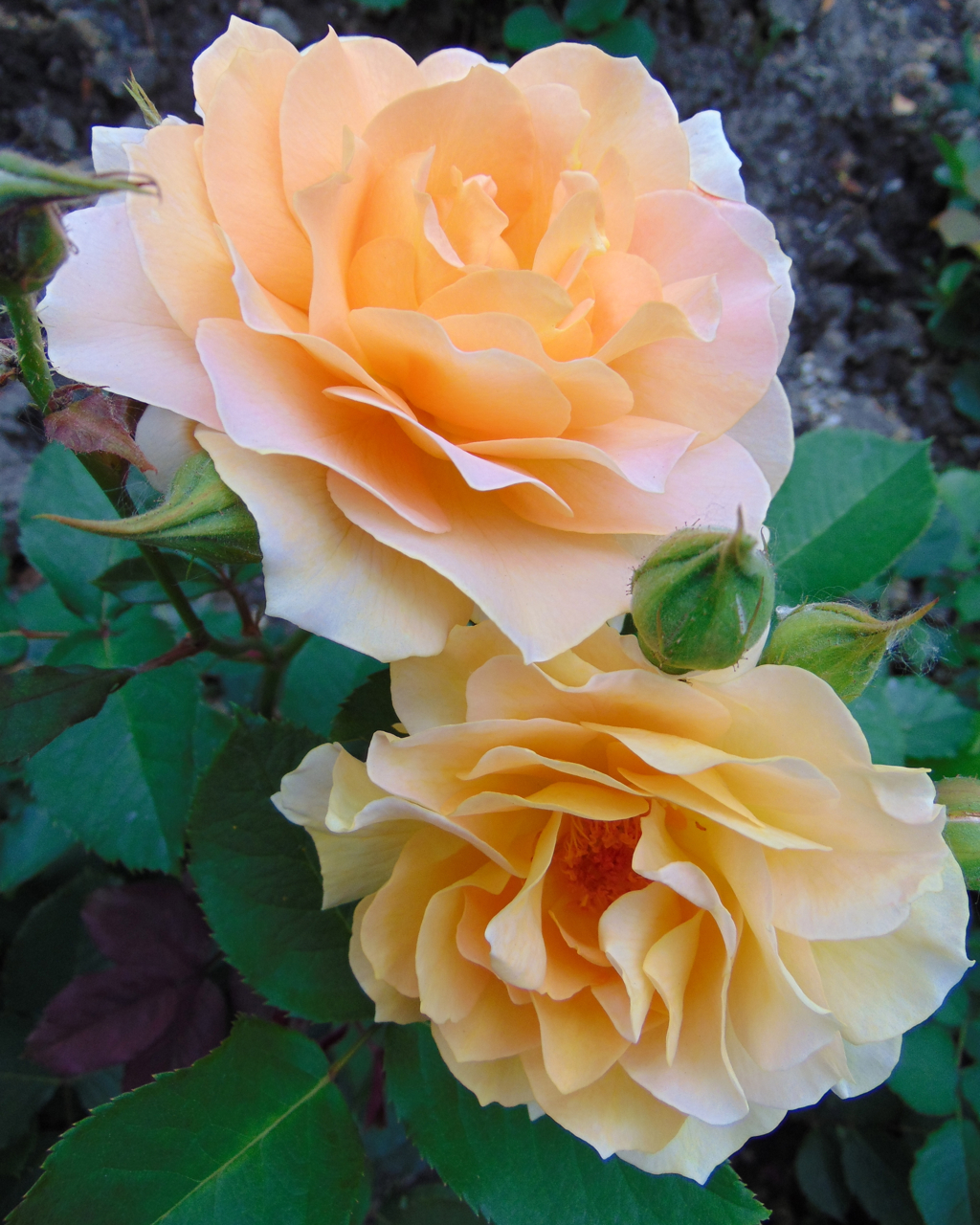
‘Honey Perfume’, Keith W. Zary, 1993
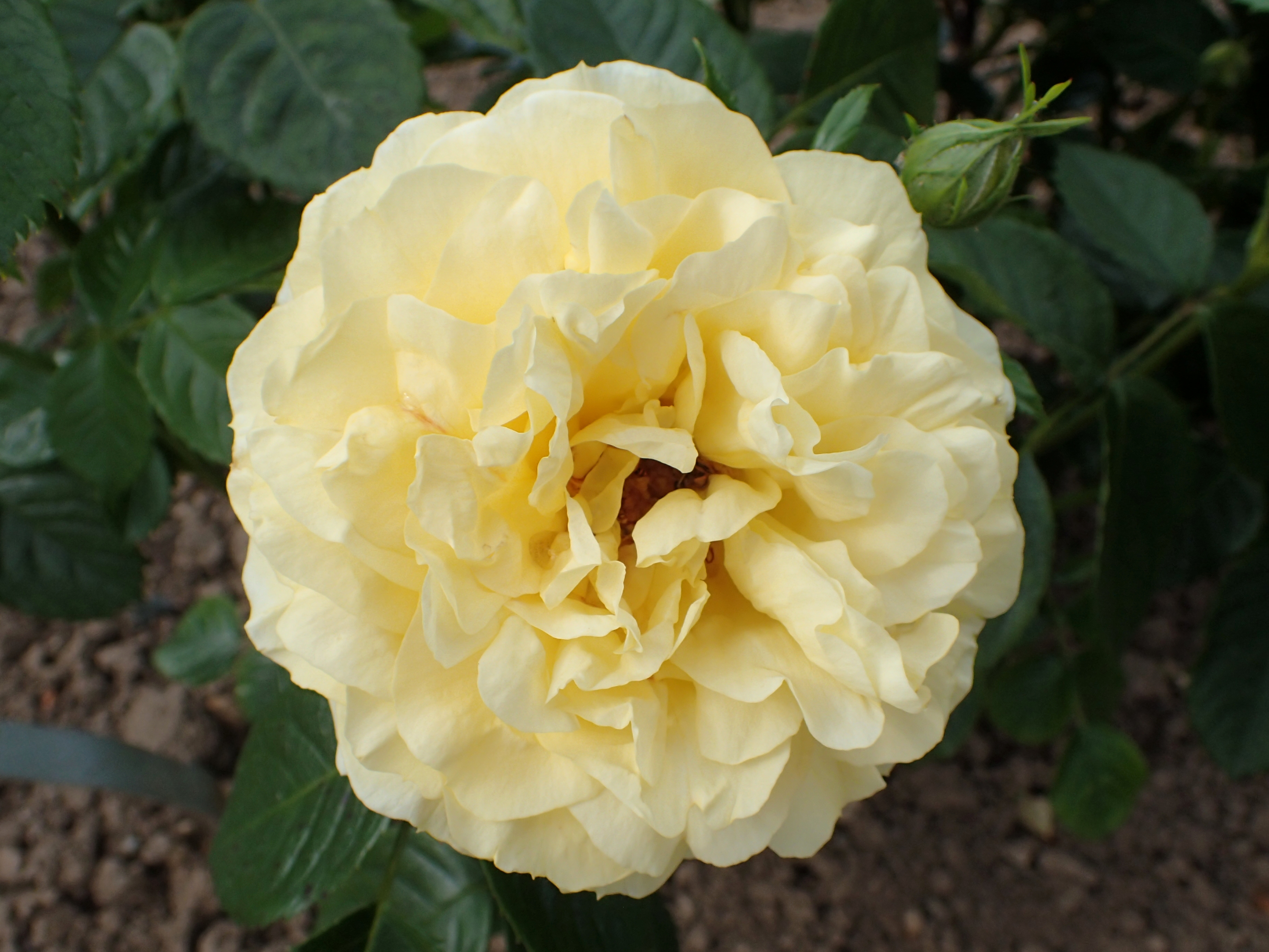
‘Honigmond’, Reimer Kordes, 1956
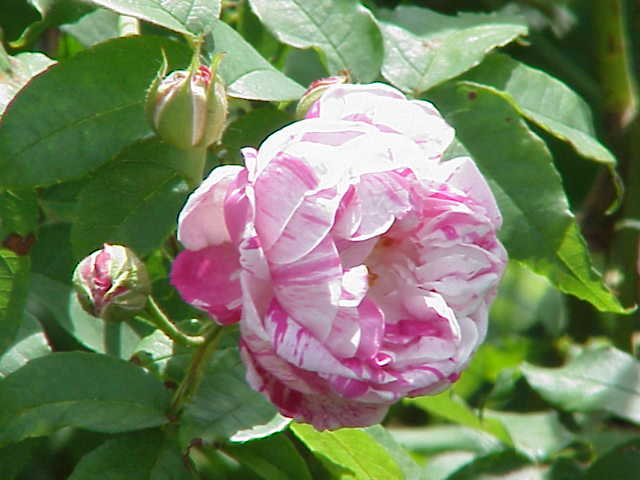
‘Honorine de Brabant’, ?, 1840
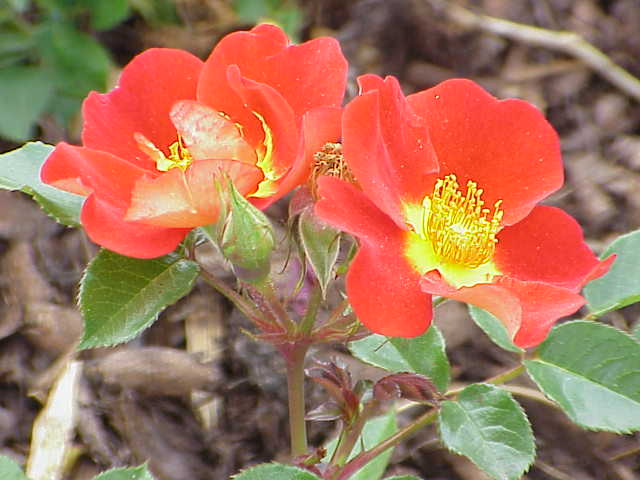
‘Hotfire’, Interplant, 1998
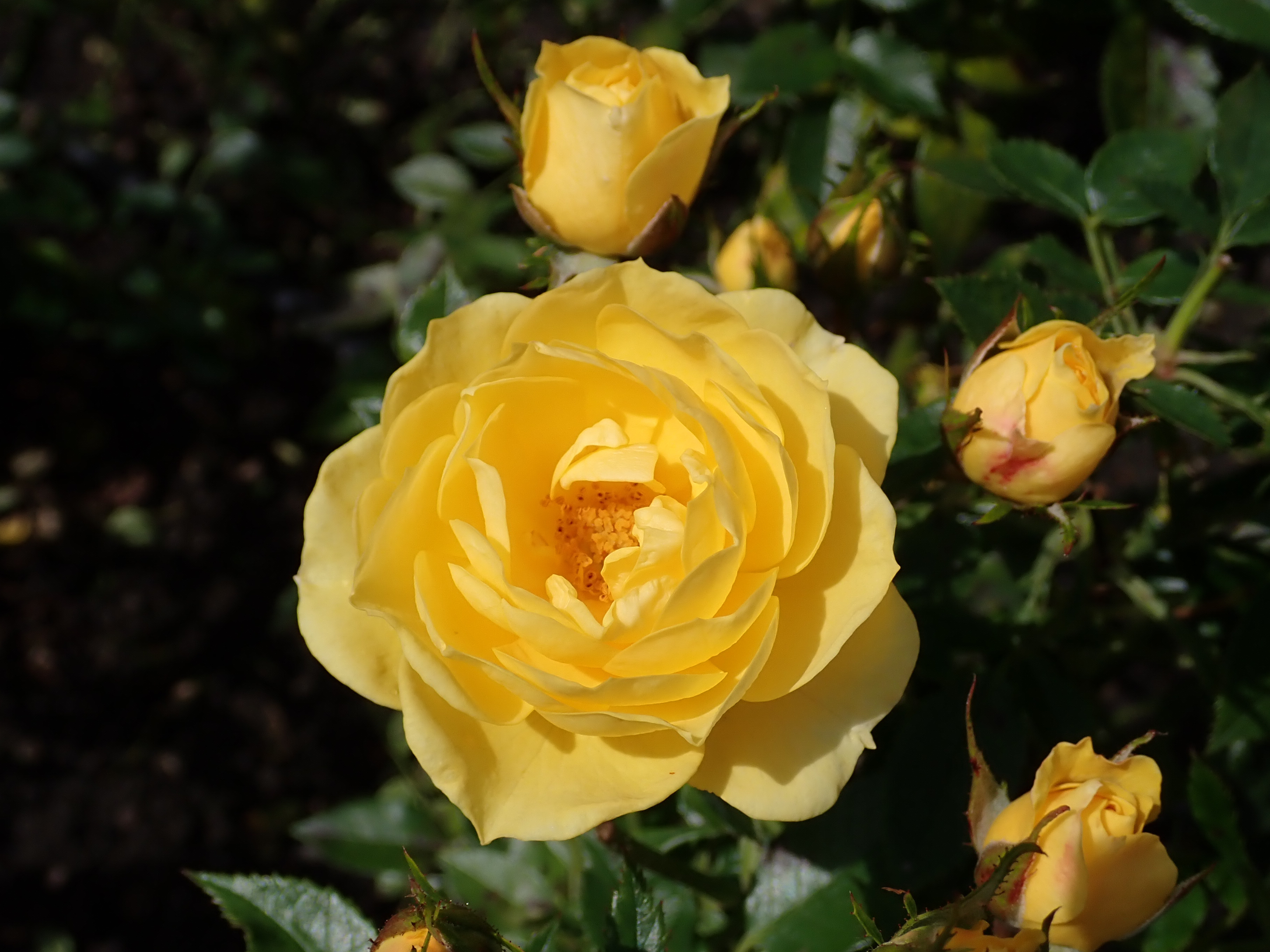
‘House Beautiful’, Harkness, vor 1994
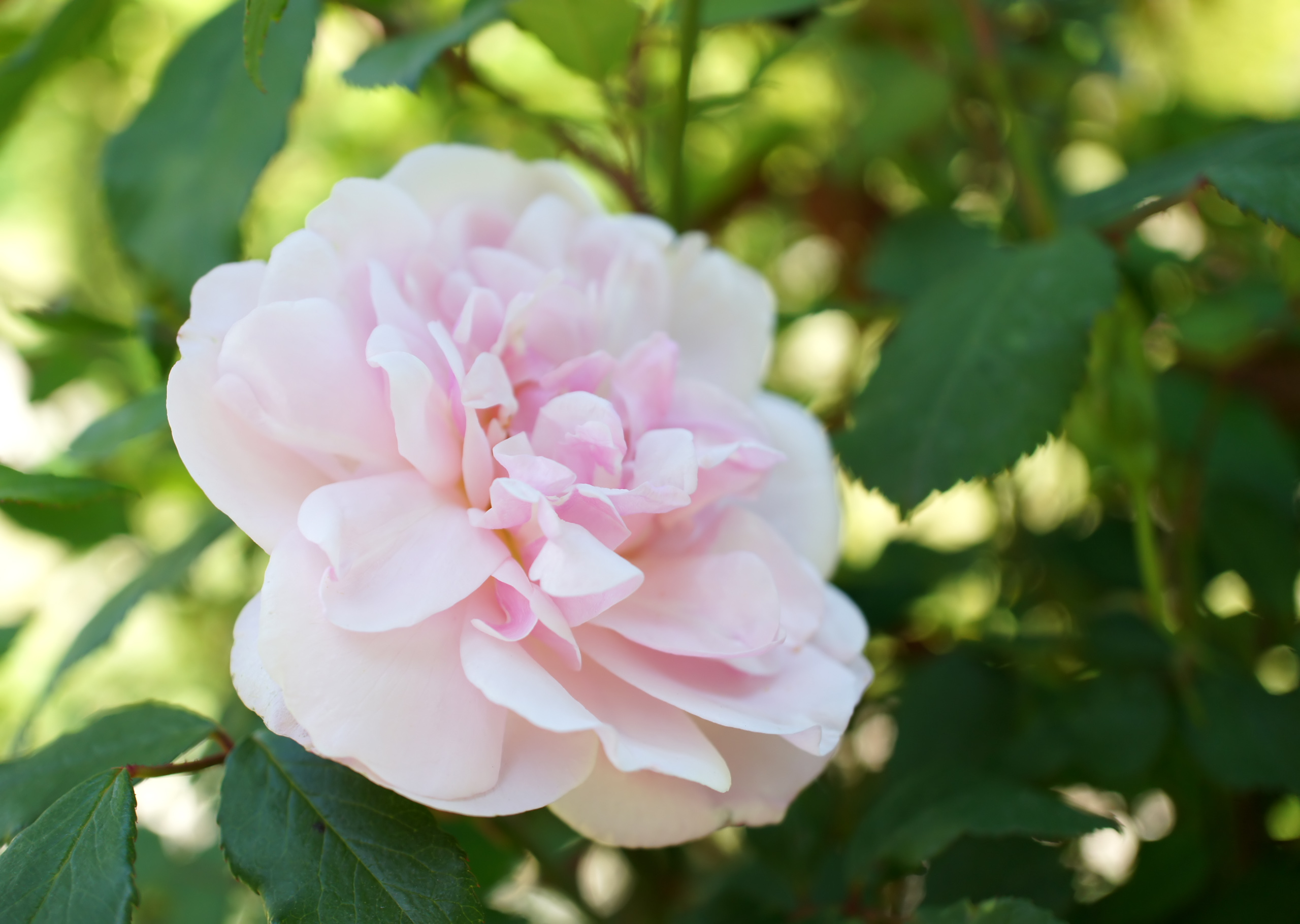
‘Hume’s Blush Tea-scented China’, vor 1808
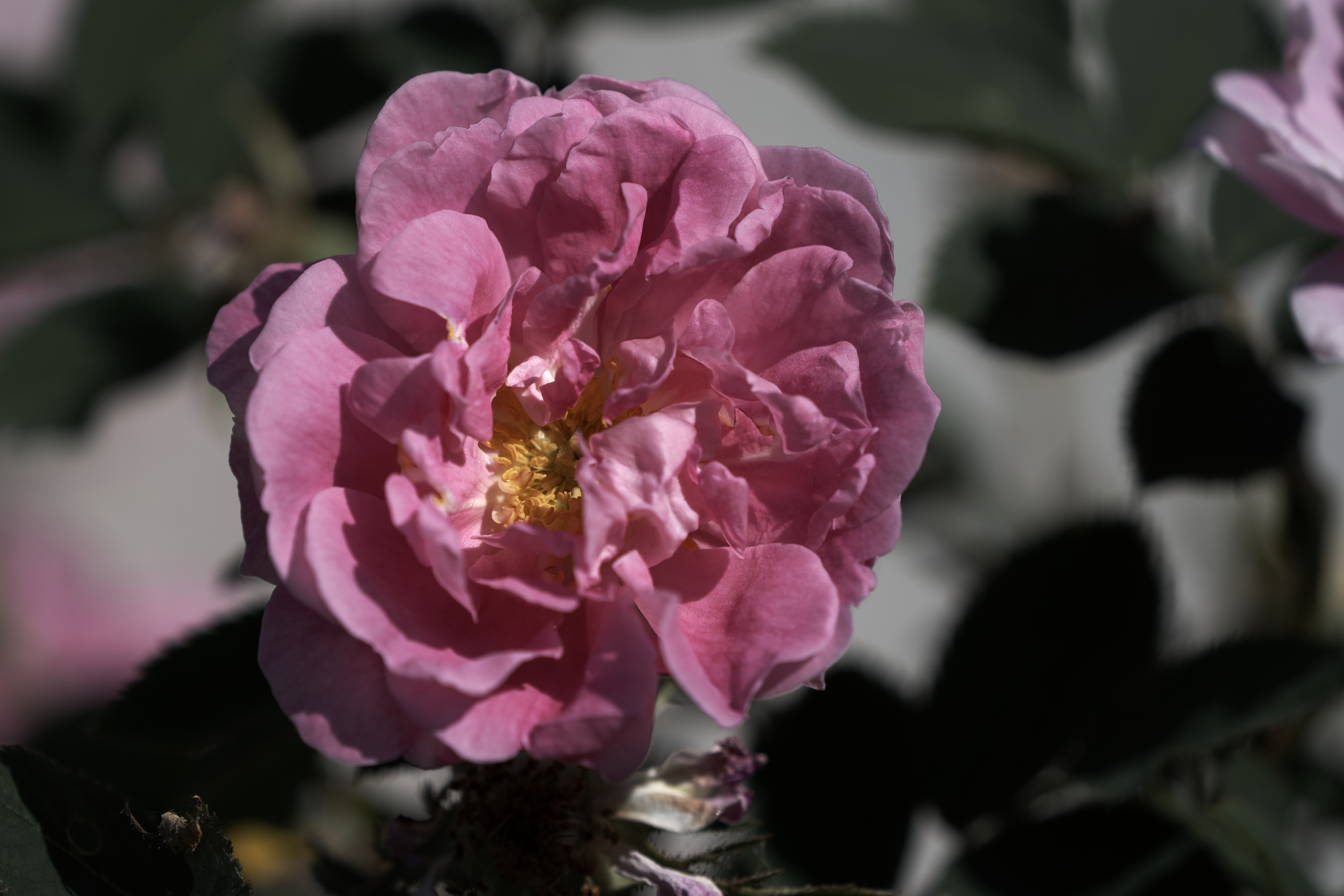
‘Hurdalsrose’, Rosa alba, ?

## I

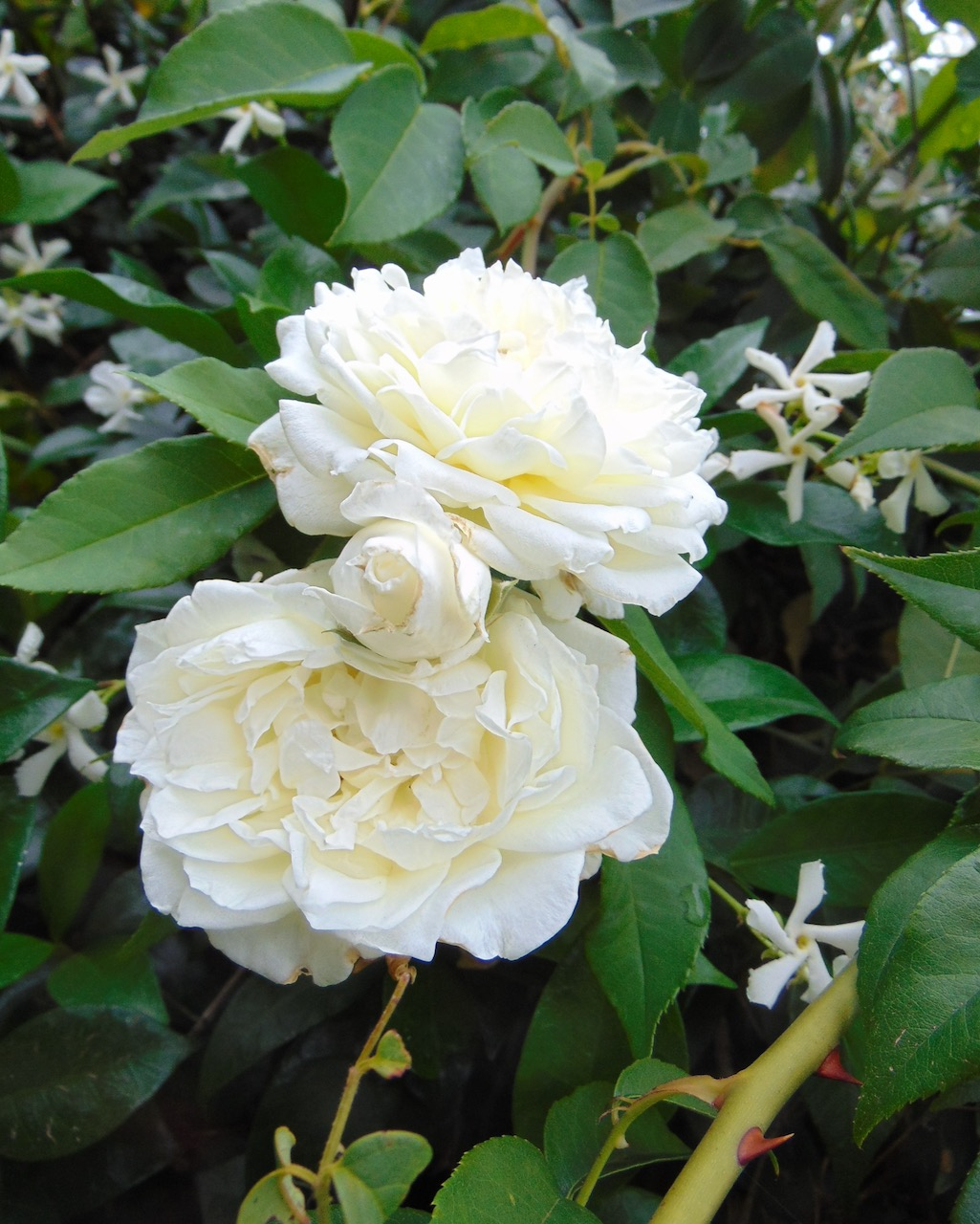
‘Ibrido di Castello’, Attilio Ragionieri, um 1920
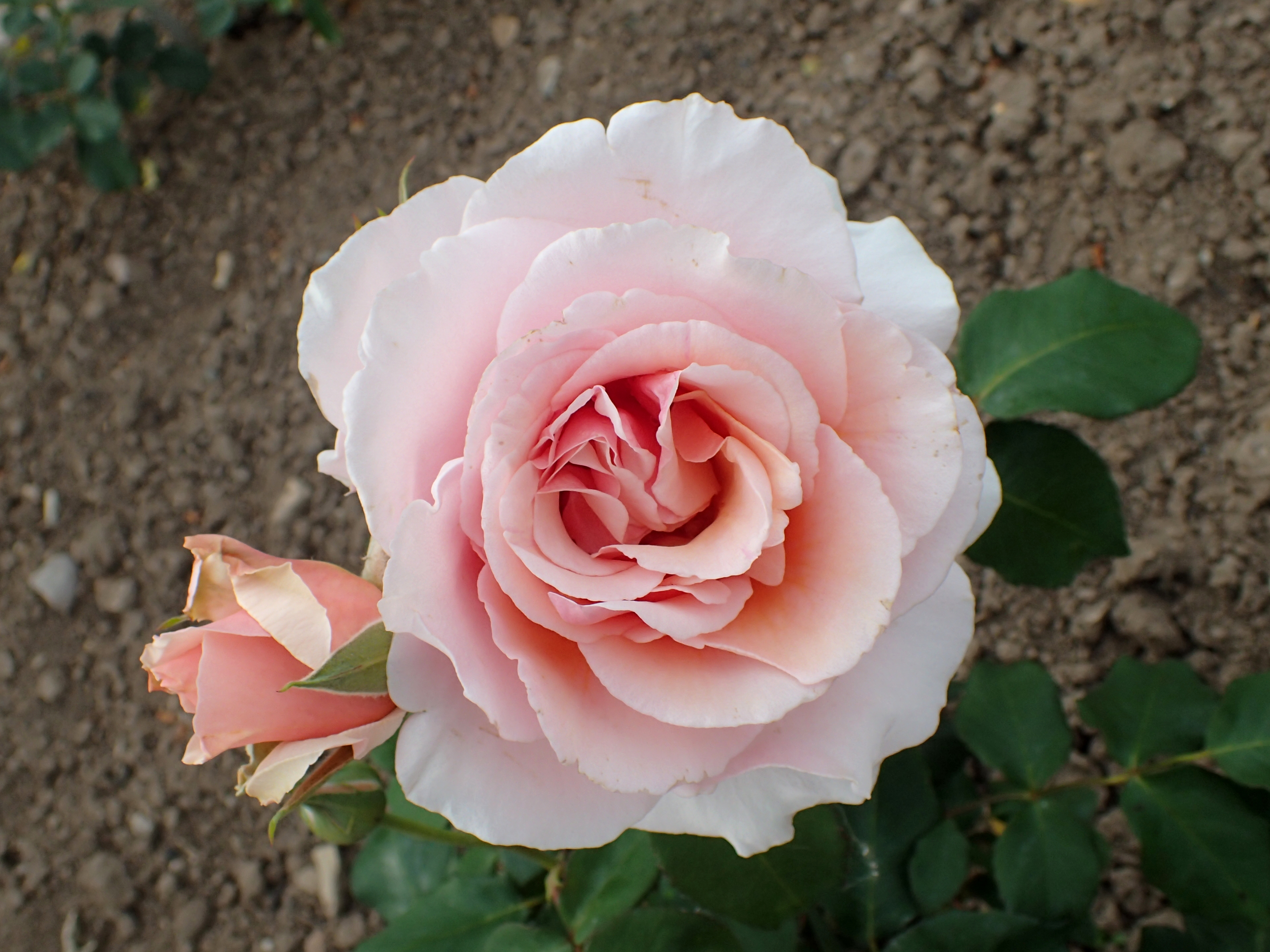
‘Iced Ginger’, Patrick Dickson, 1971
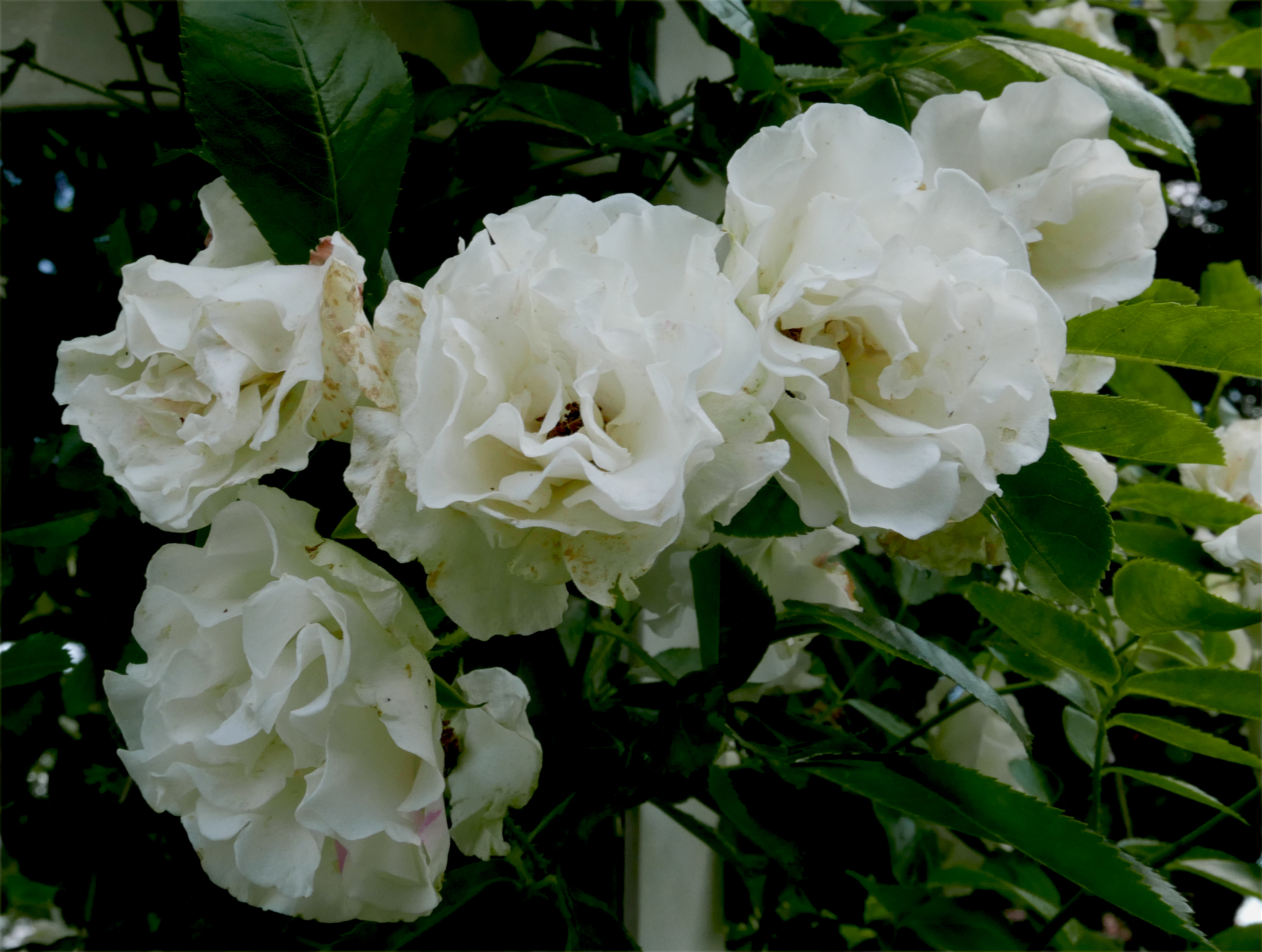
‘Ida Klemm’, Walter, 1906
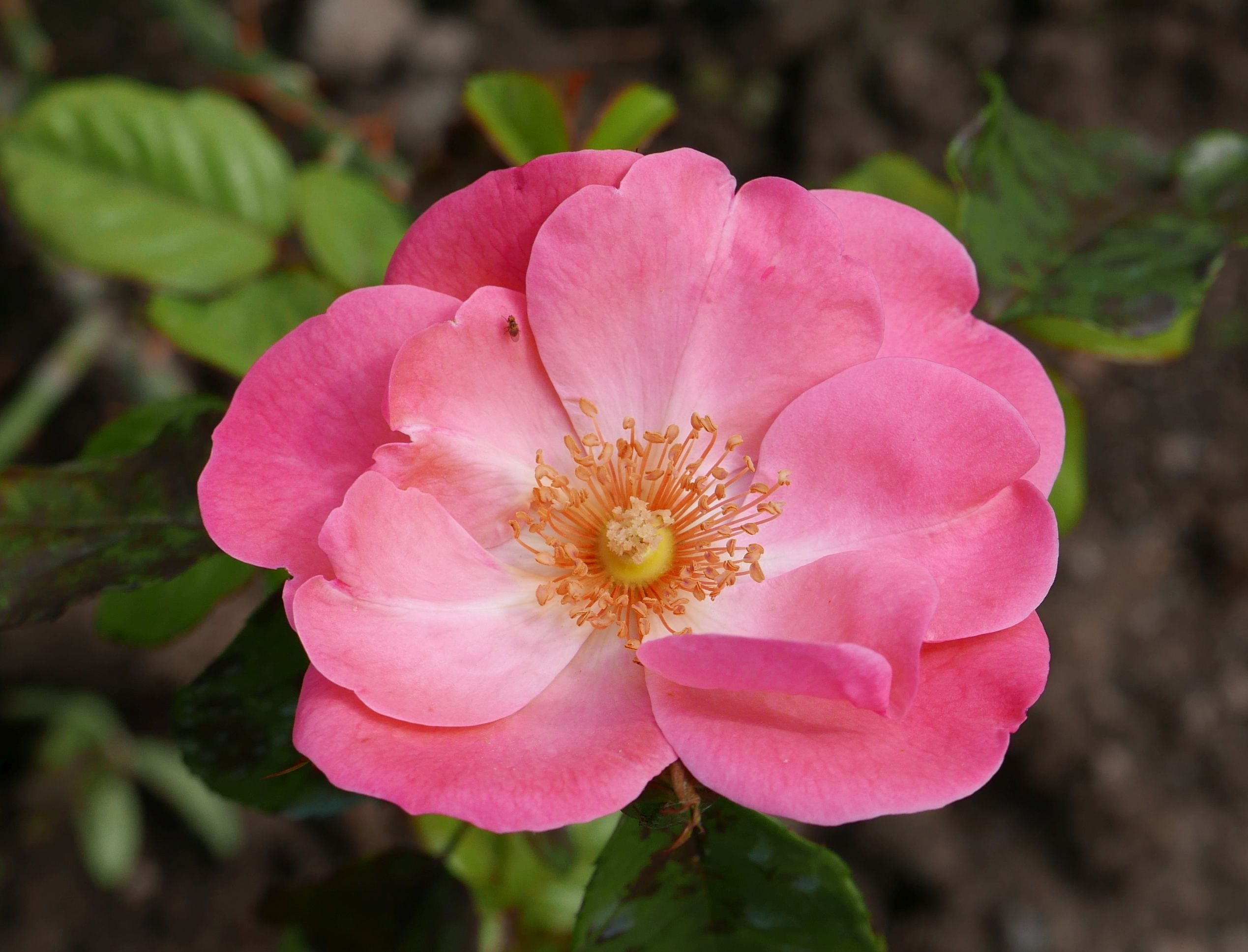
‘IGA Erfurt’, Walter Berger, 1966
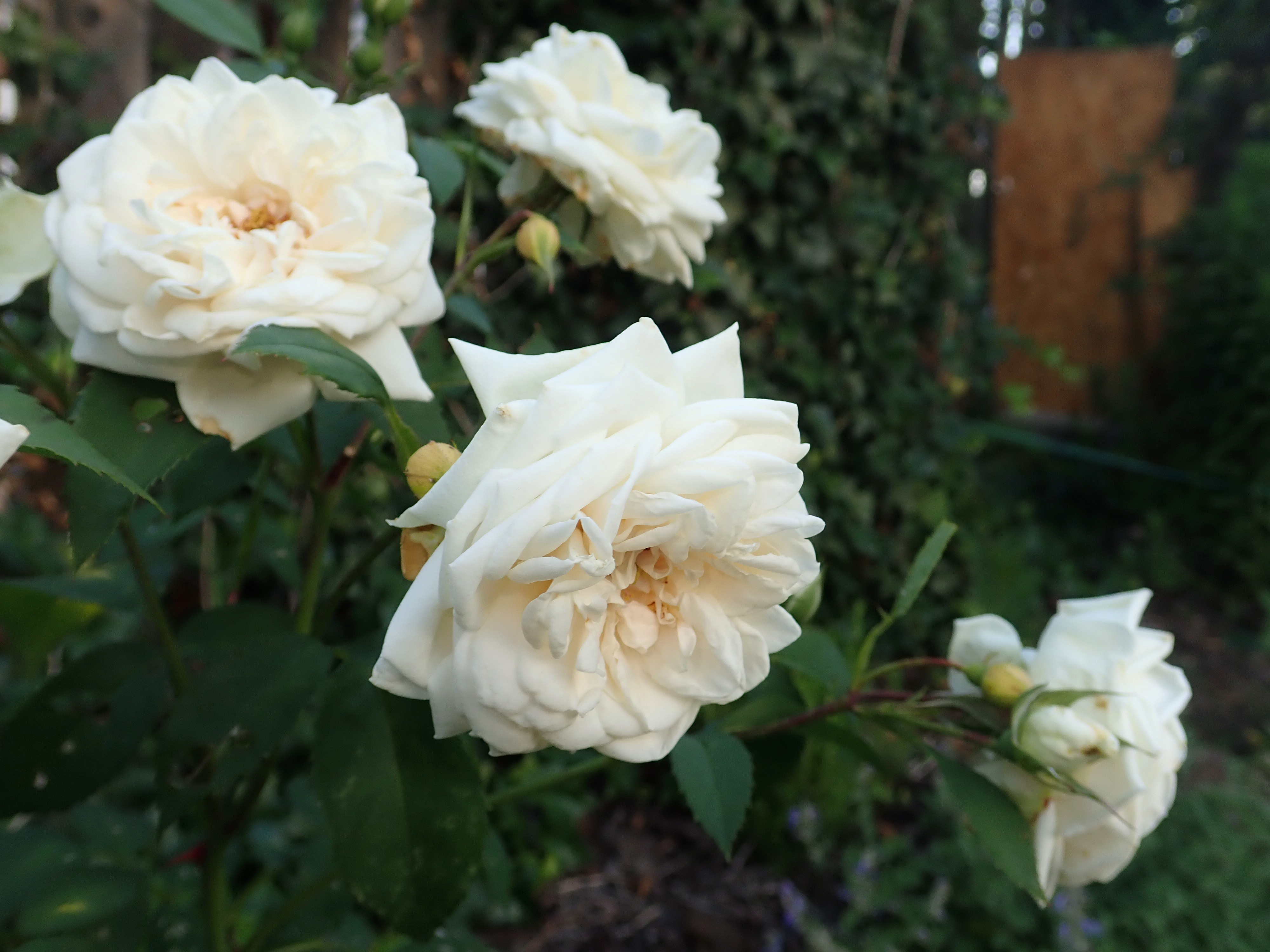
‘Ilse Krohn superior’, Kordes, 1964
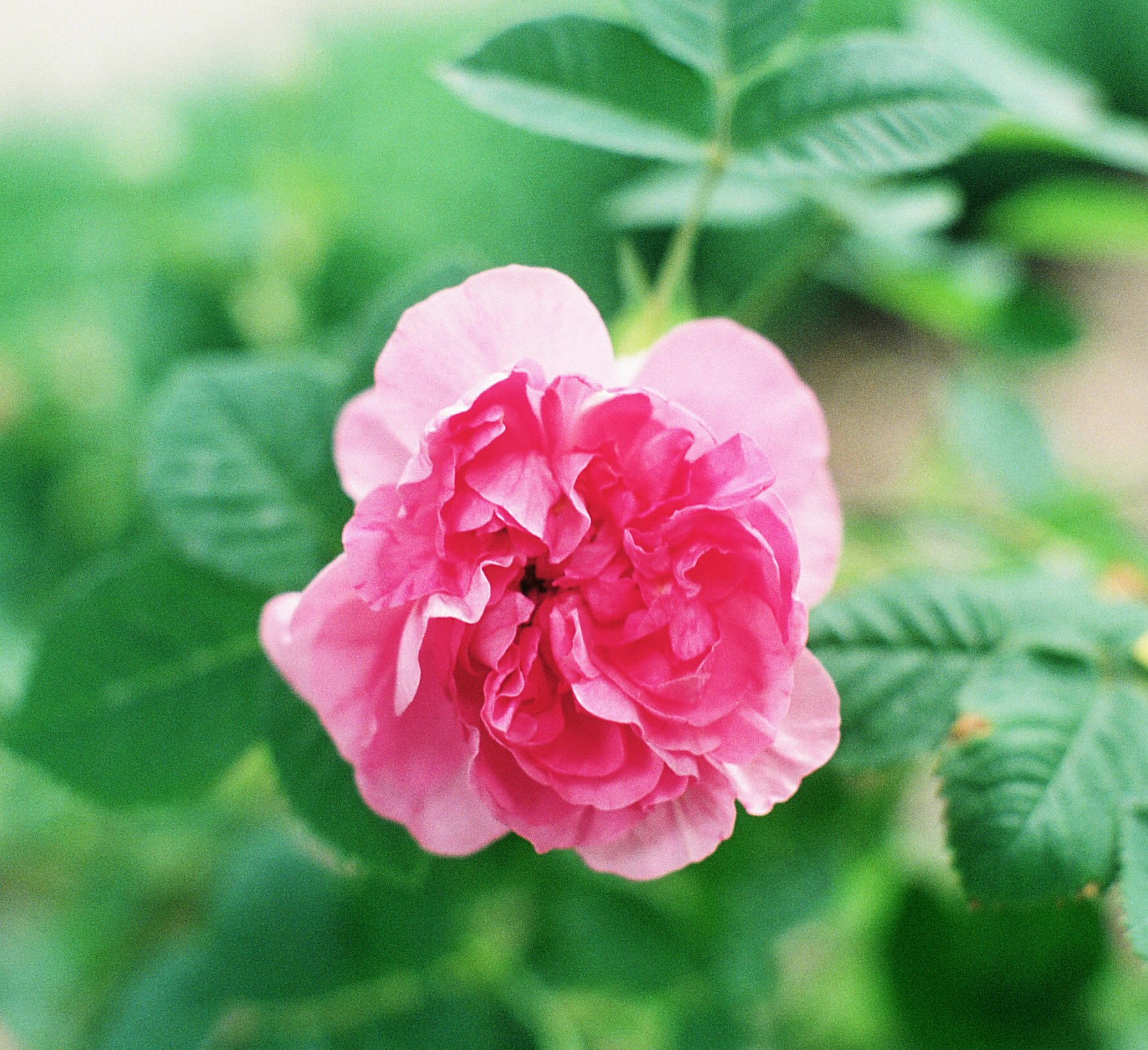
‘Impératrice Joséphine’, Descemet, vor 1815
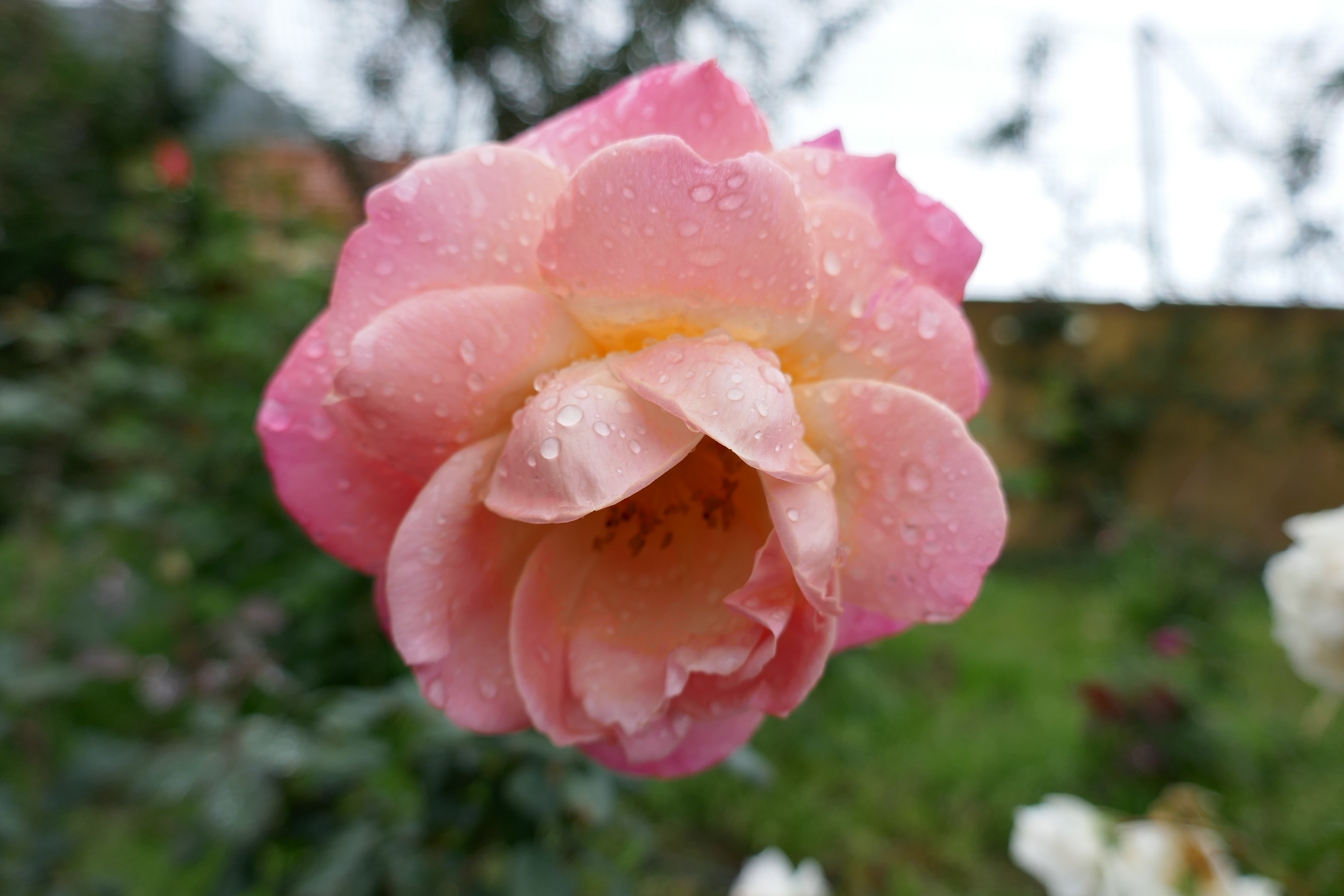
‘Independence Day’, Bees, 1919
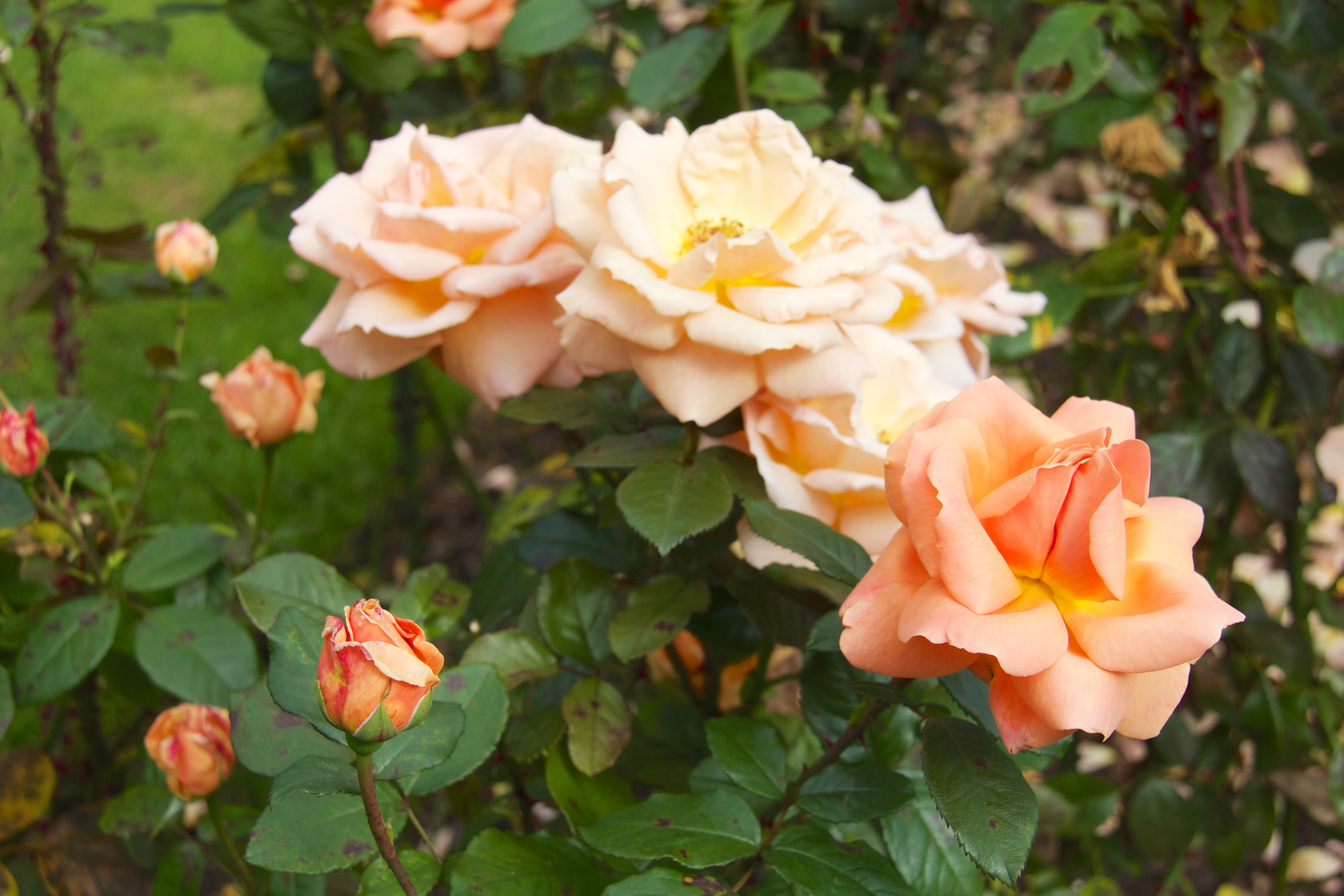
‘Indian Summer’, Pearce, 1991
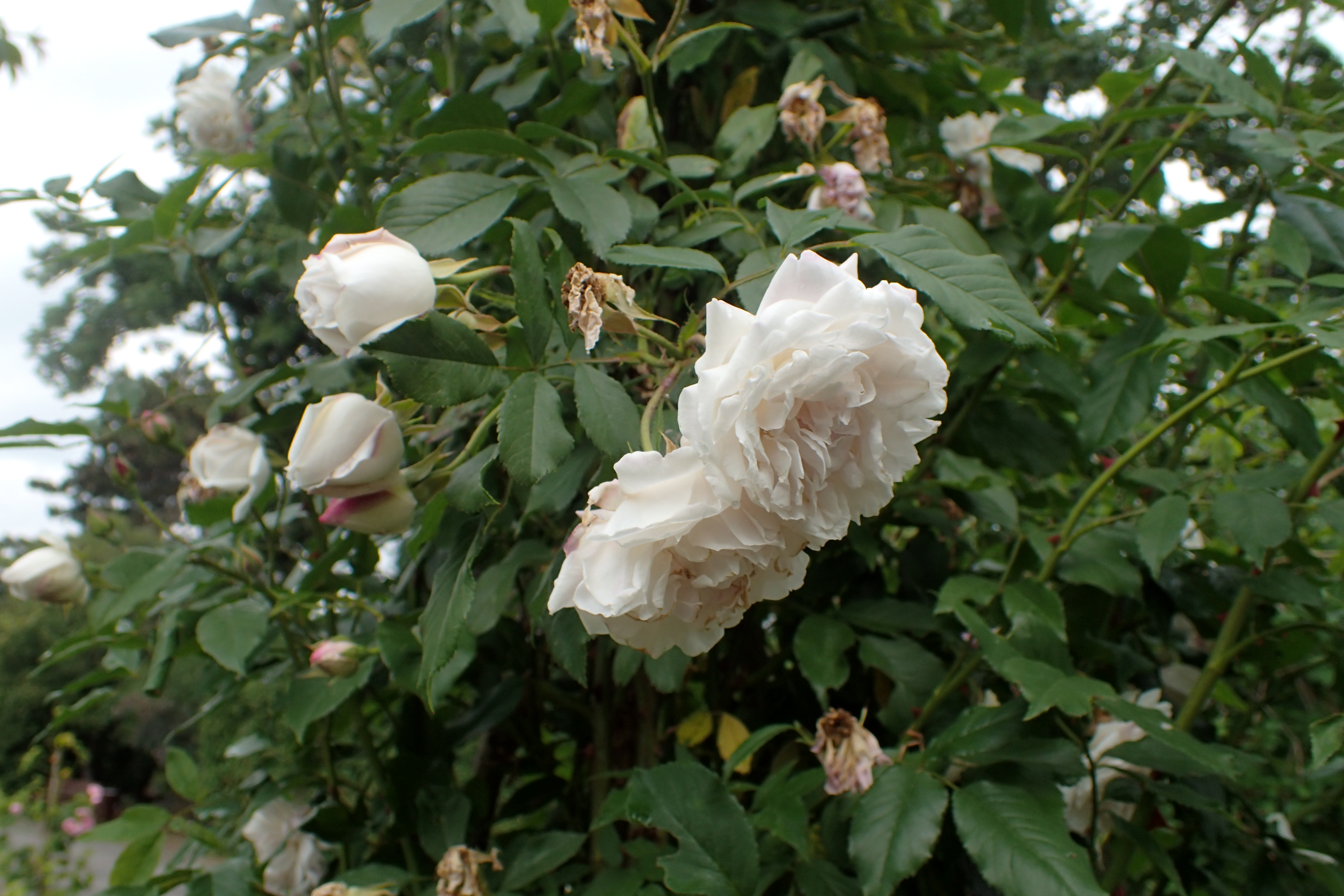
‘Indica Major’, Chinarose, ?
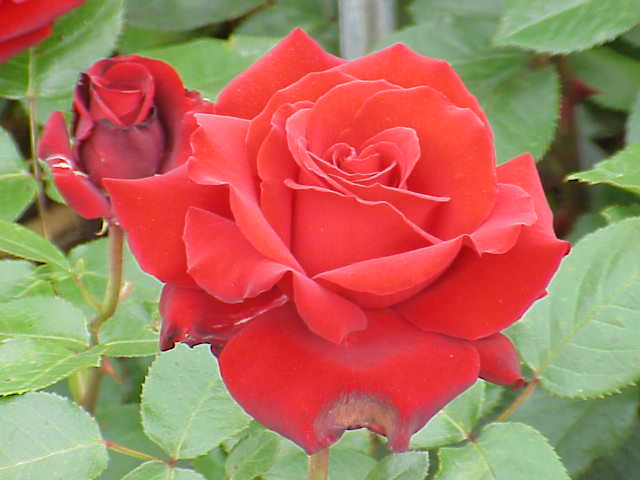
‘Ingrid Bergman’, Poulsen, 1984
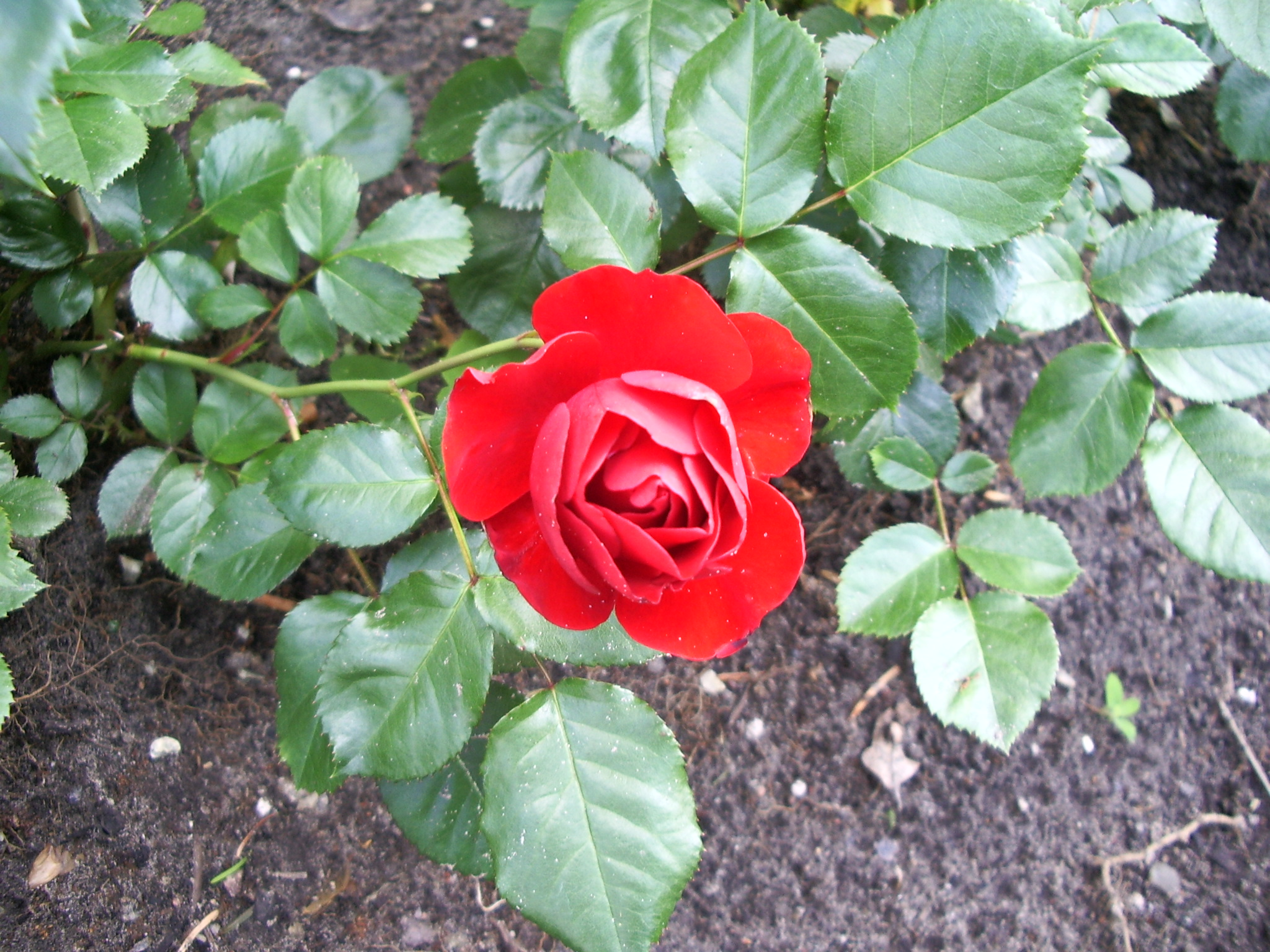
‘Ingrid Weibull’, M. Tantau jun., 1981
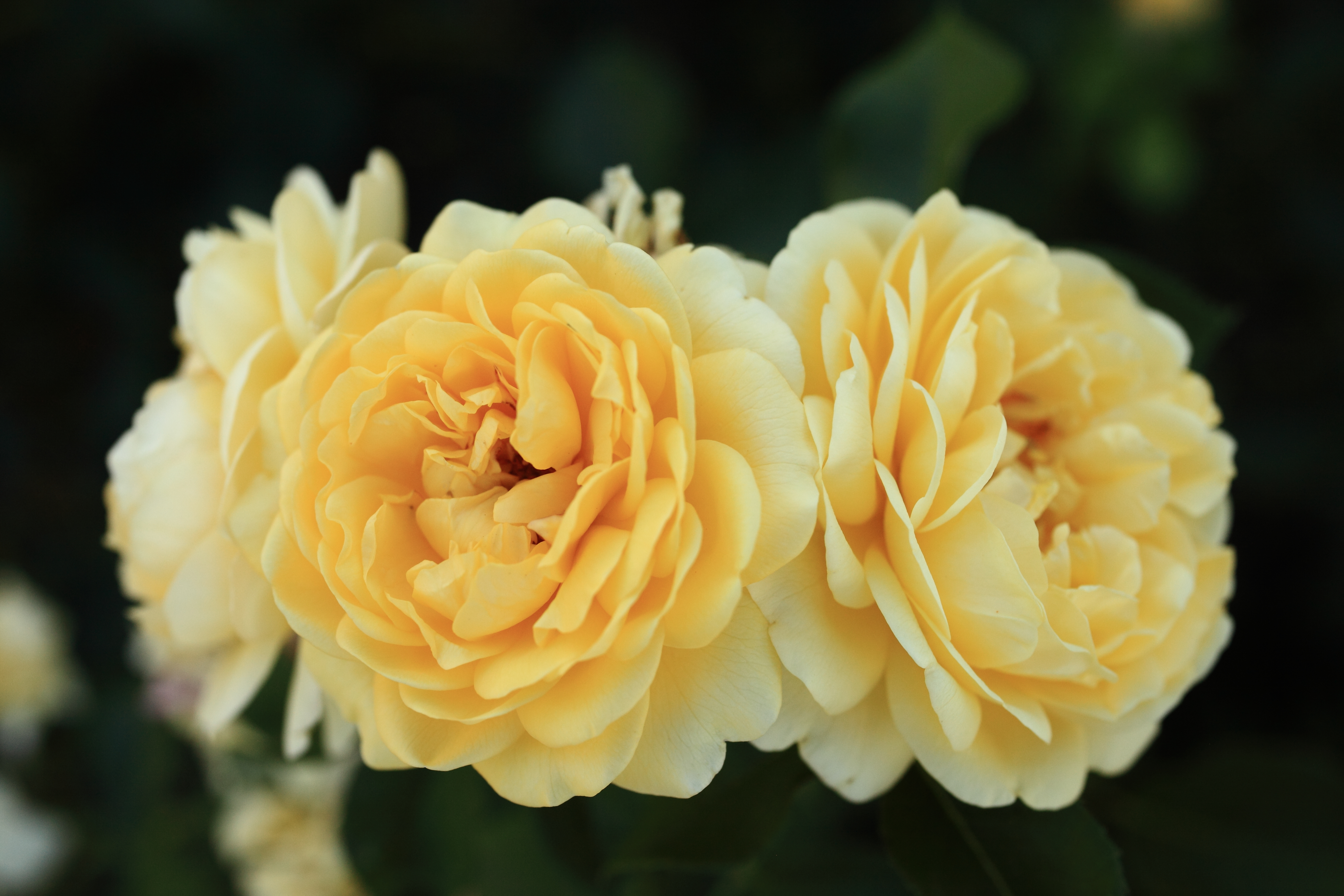
‘Inka’, Tantau, 1993
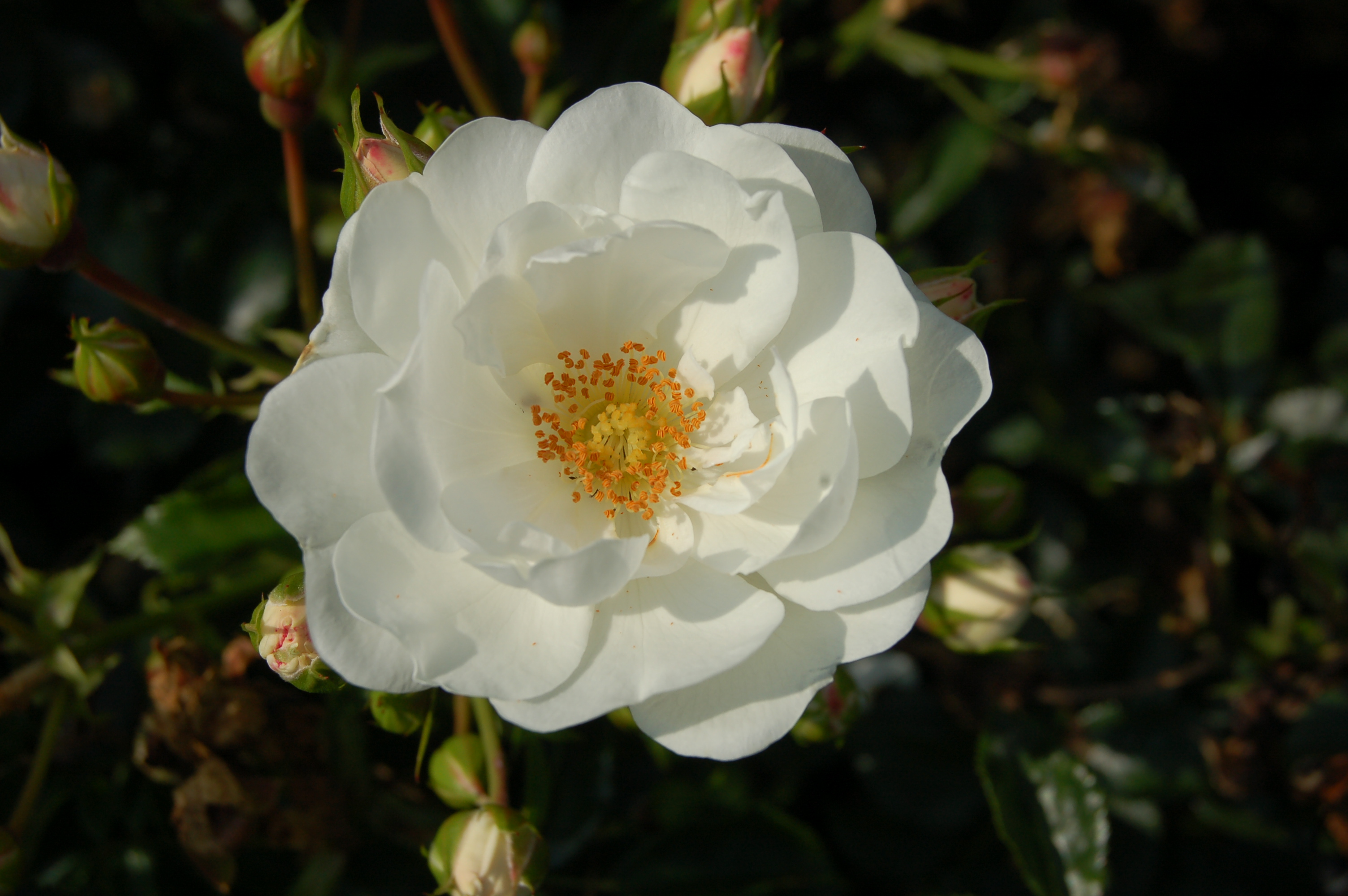
‘Innocencia’, Kordes, 2003
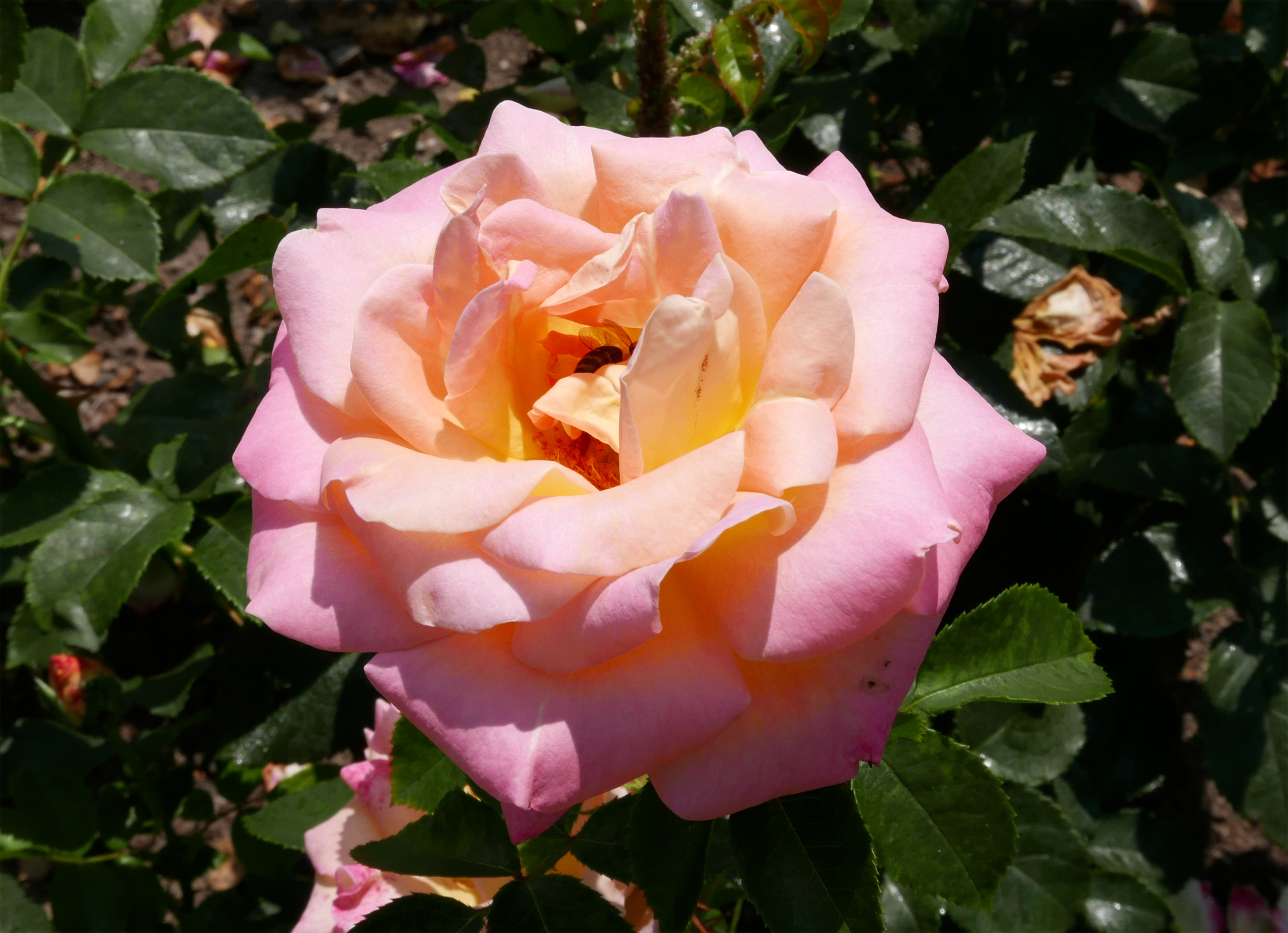
‘Inspiration’, Noack, 2003
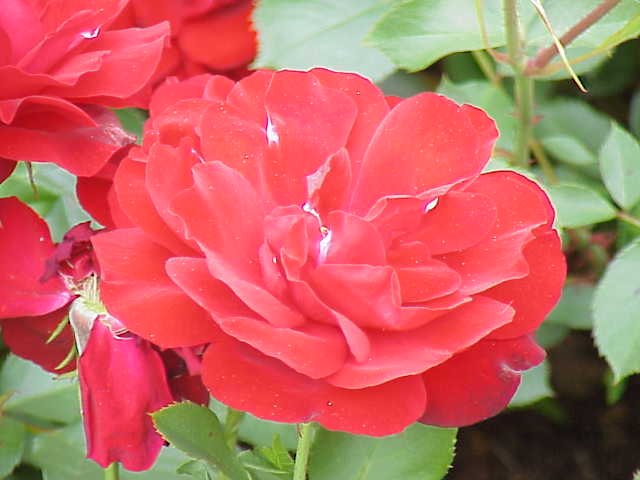
‘Interama’, de Ruiter, 1980
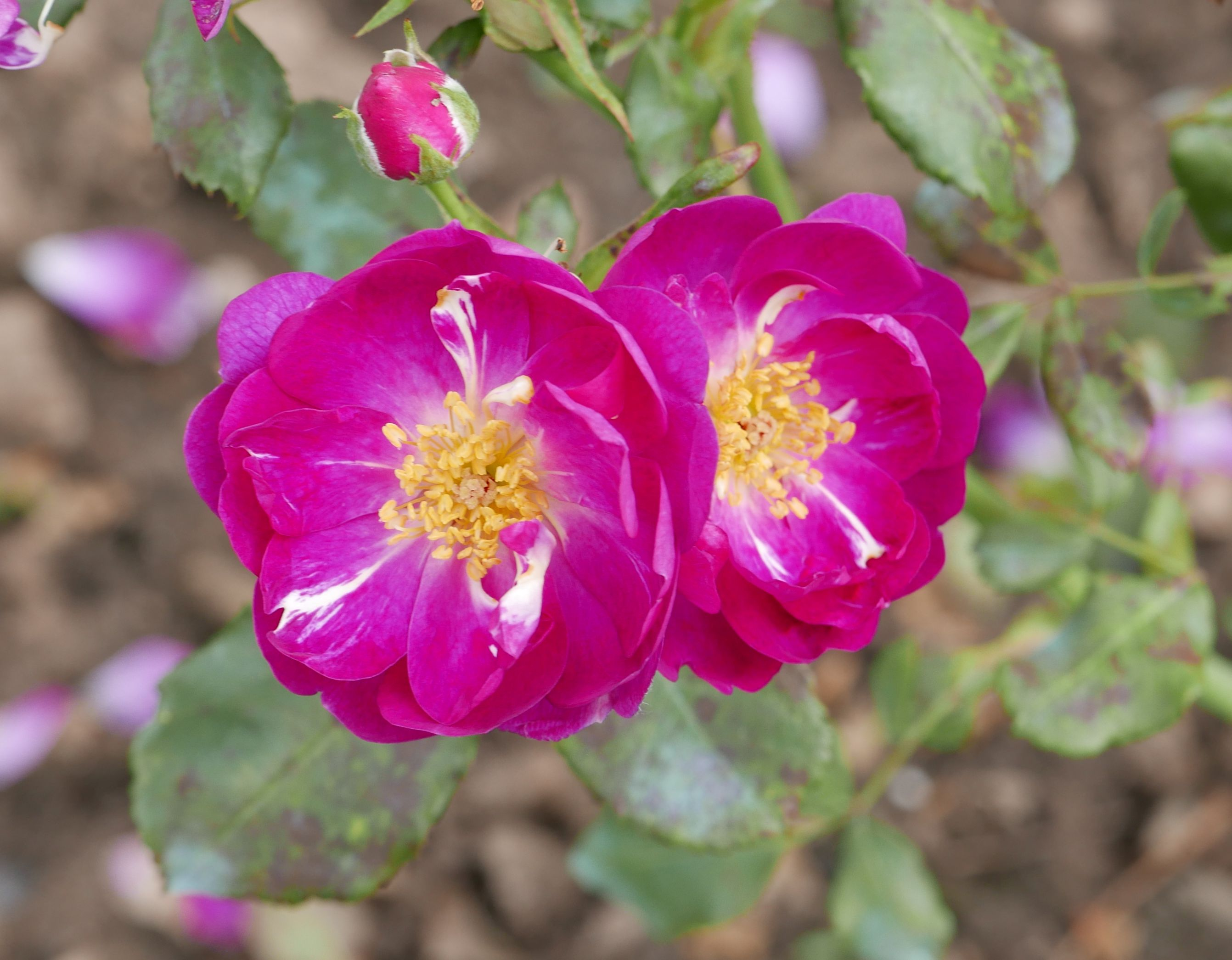
‘International Herald Tribune’, Harkness, 1984
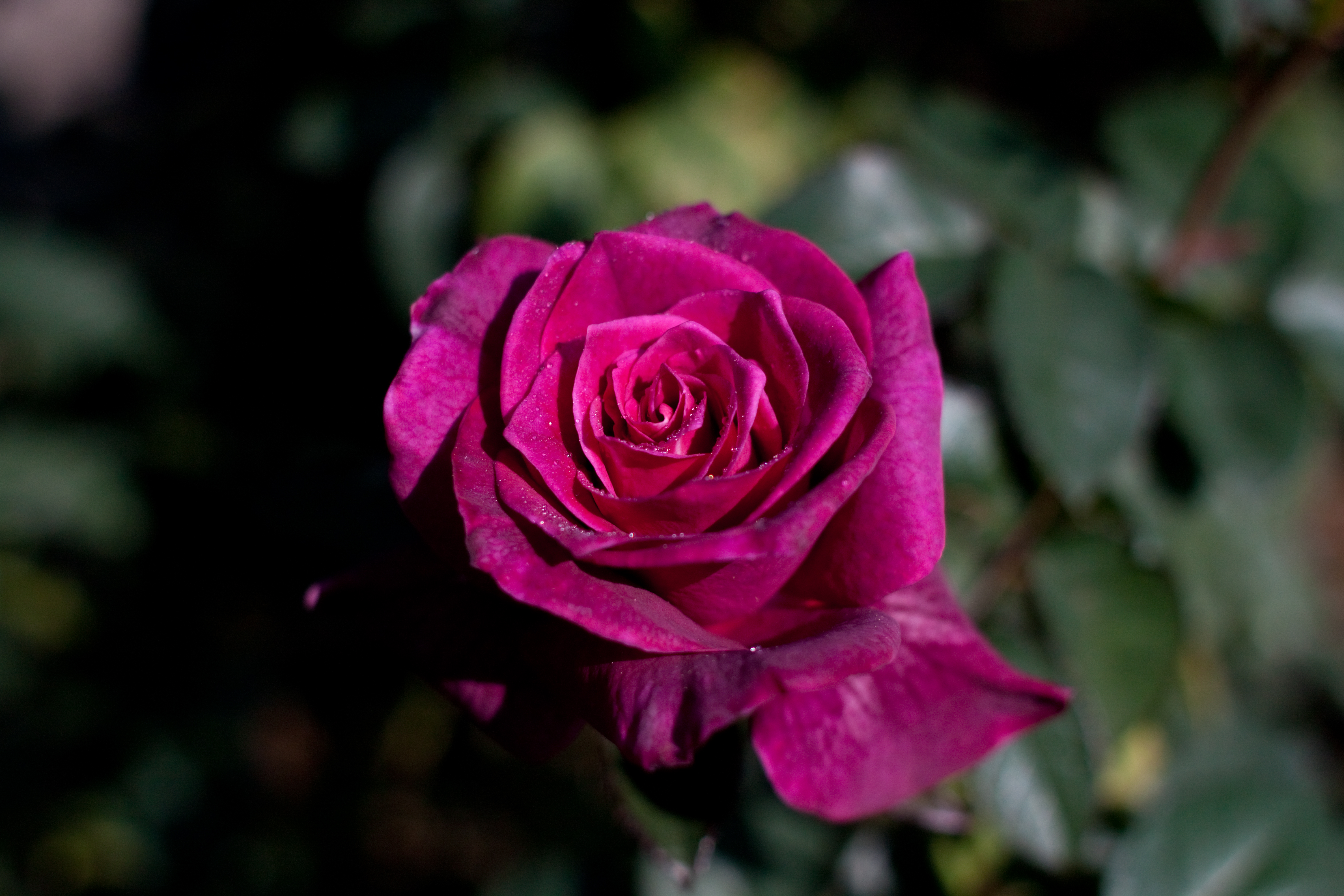
‘Intrigue’, Warriner, vor 1981
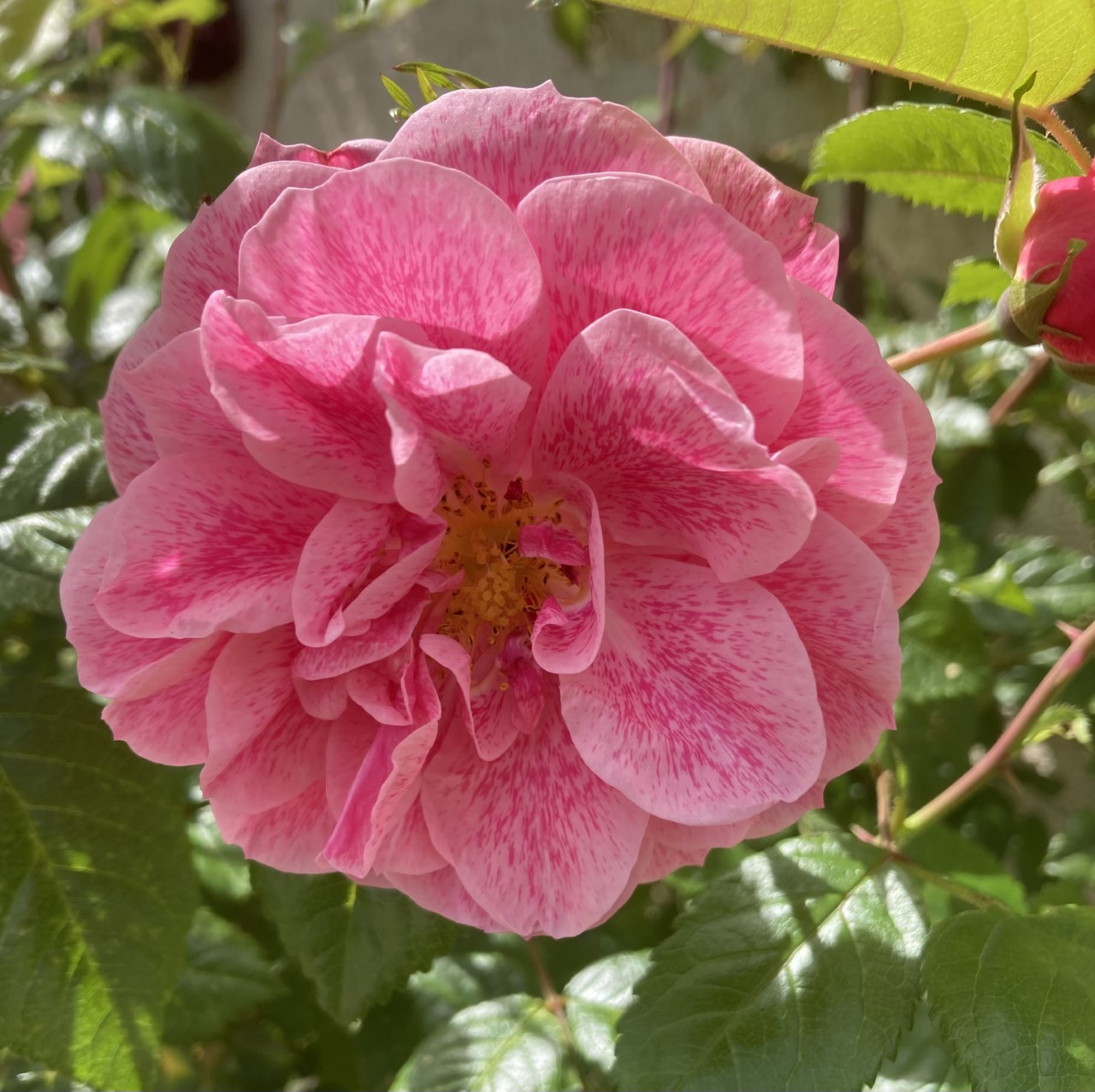
‘Invictus’, Evers/Tantau, 2005/2011
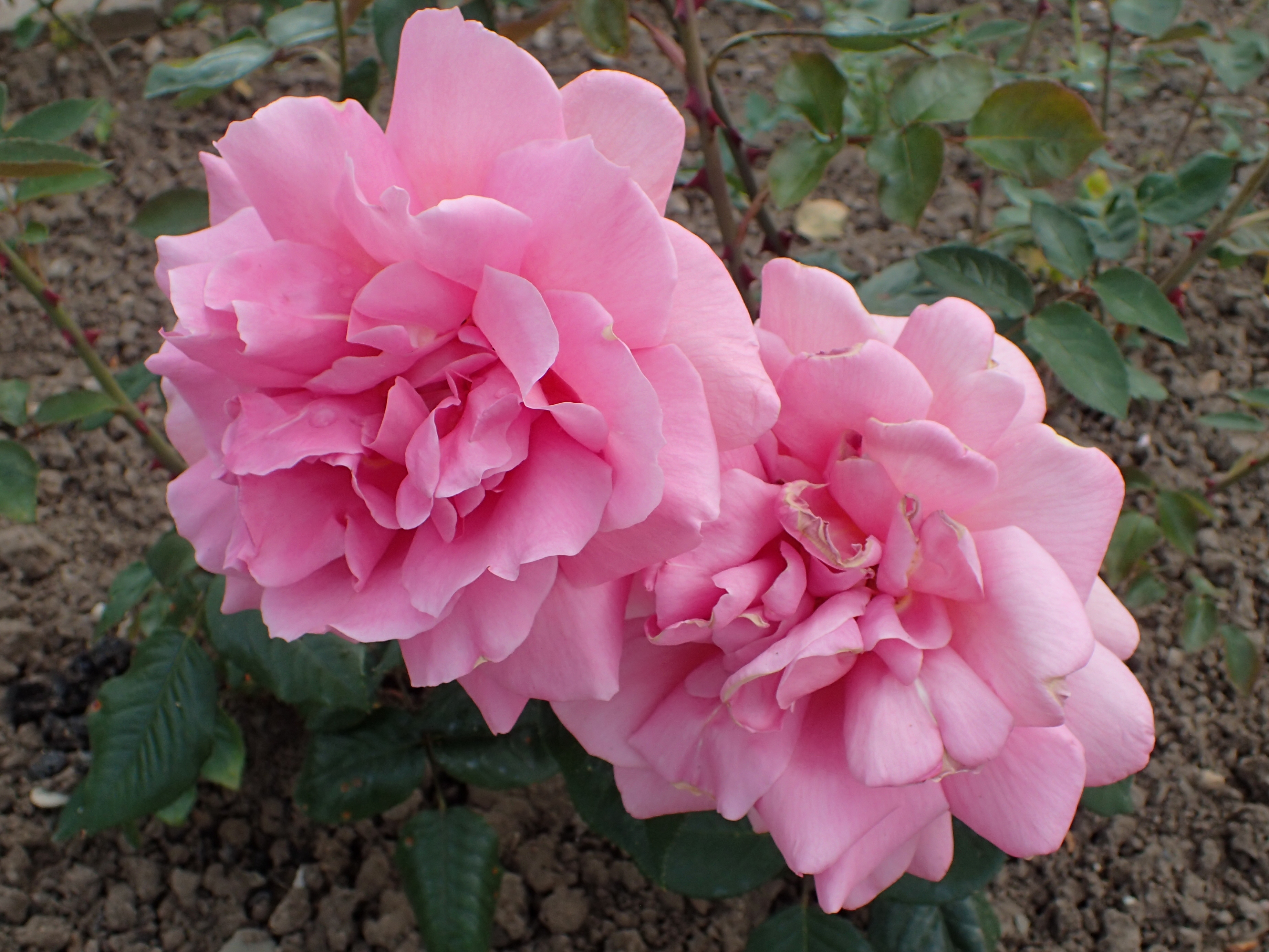
‘Invitation’, Swim & Weeks/Conard-Pyle, 1961
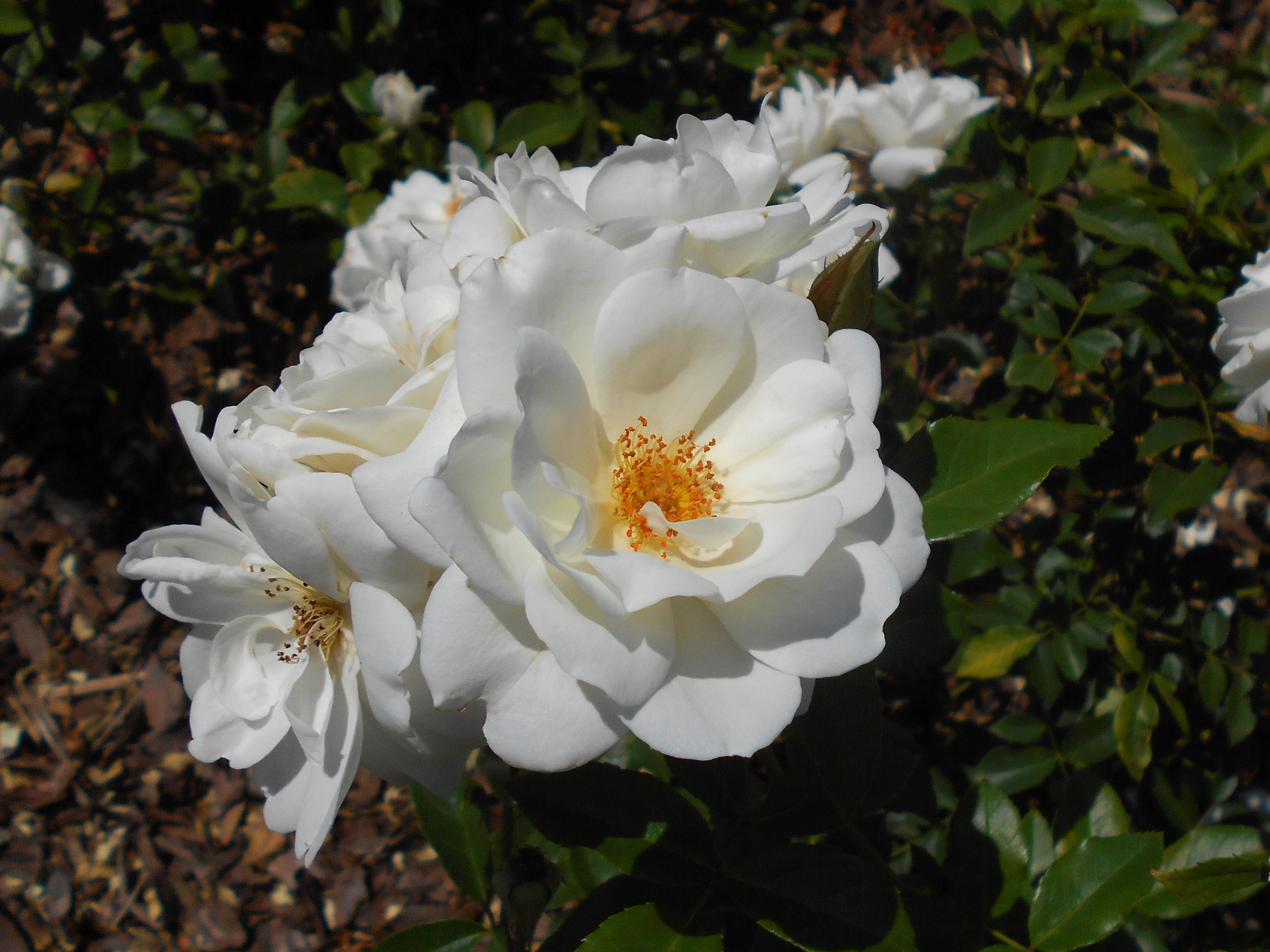
‘Irene von Dänemark’, Poulsen, 1948
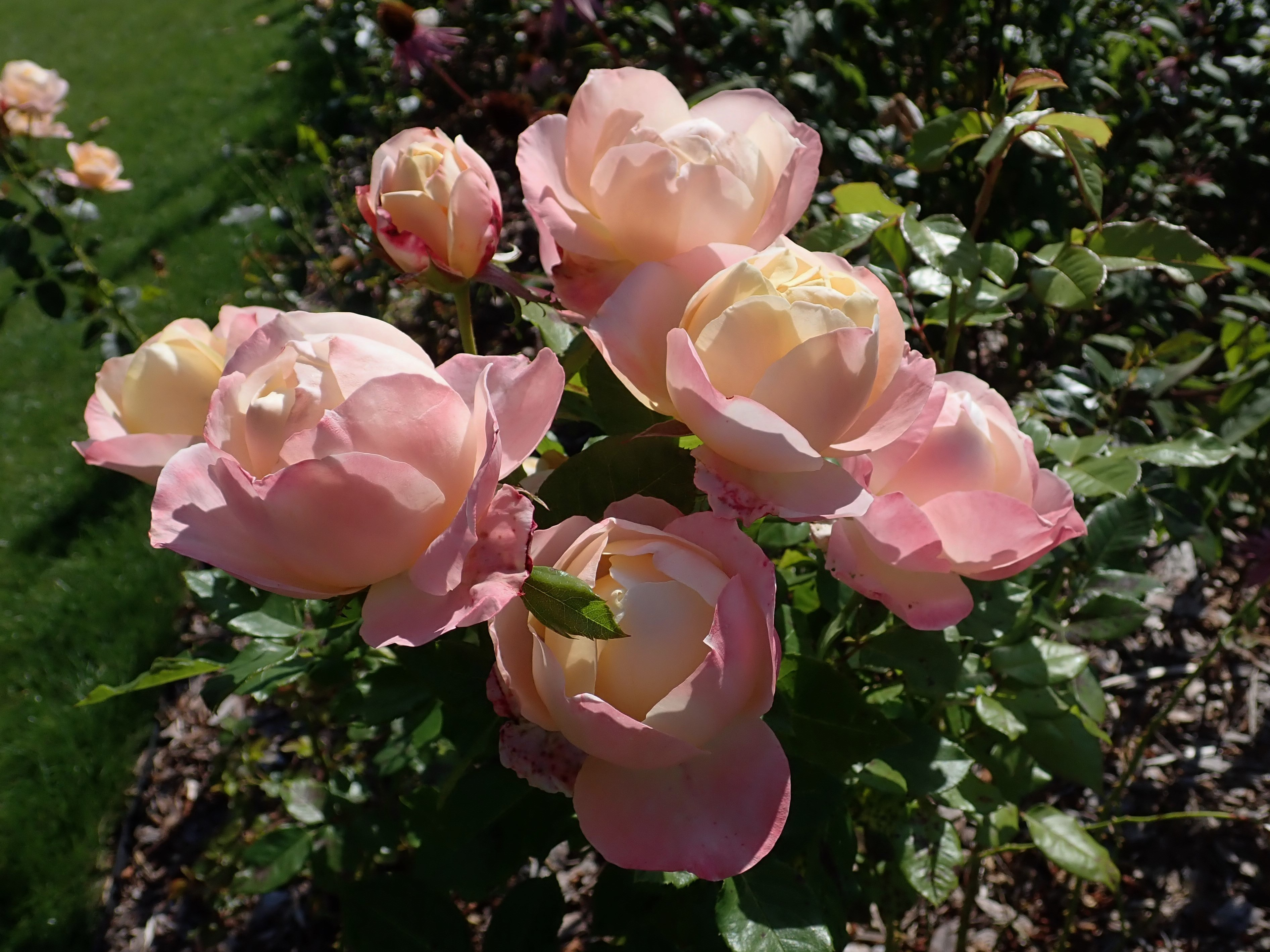
‘Isabelle Autissier’, NIRP/Michel Adam, 1999
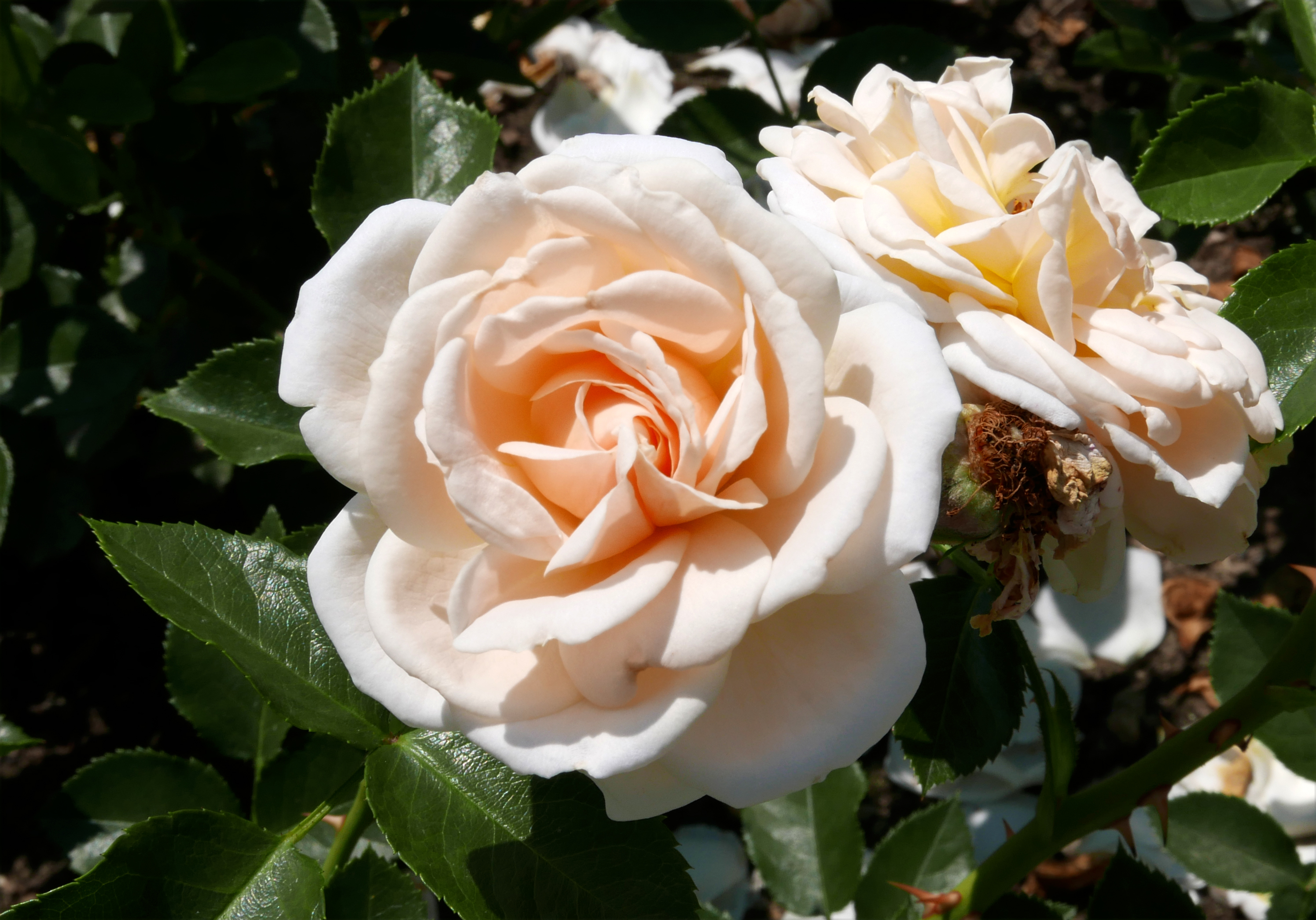
‘Isarperle’, Noack, 2005
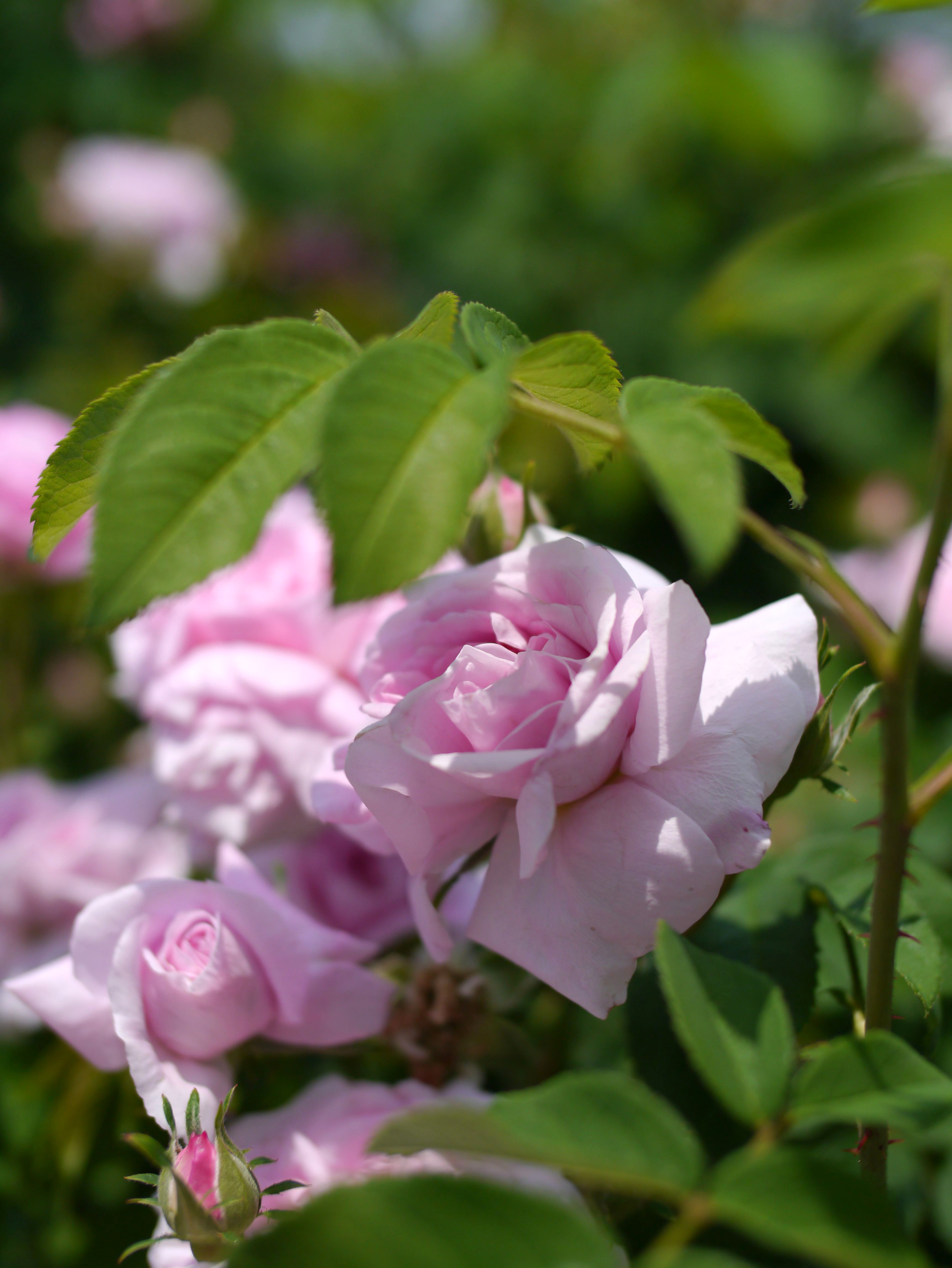
‘Ispahan’, Rosa damascena, vor 1827

## J

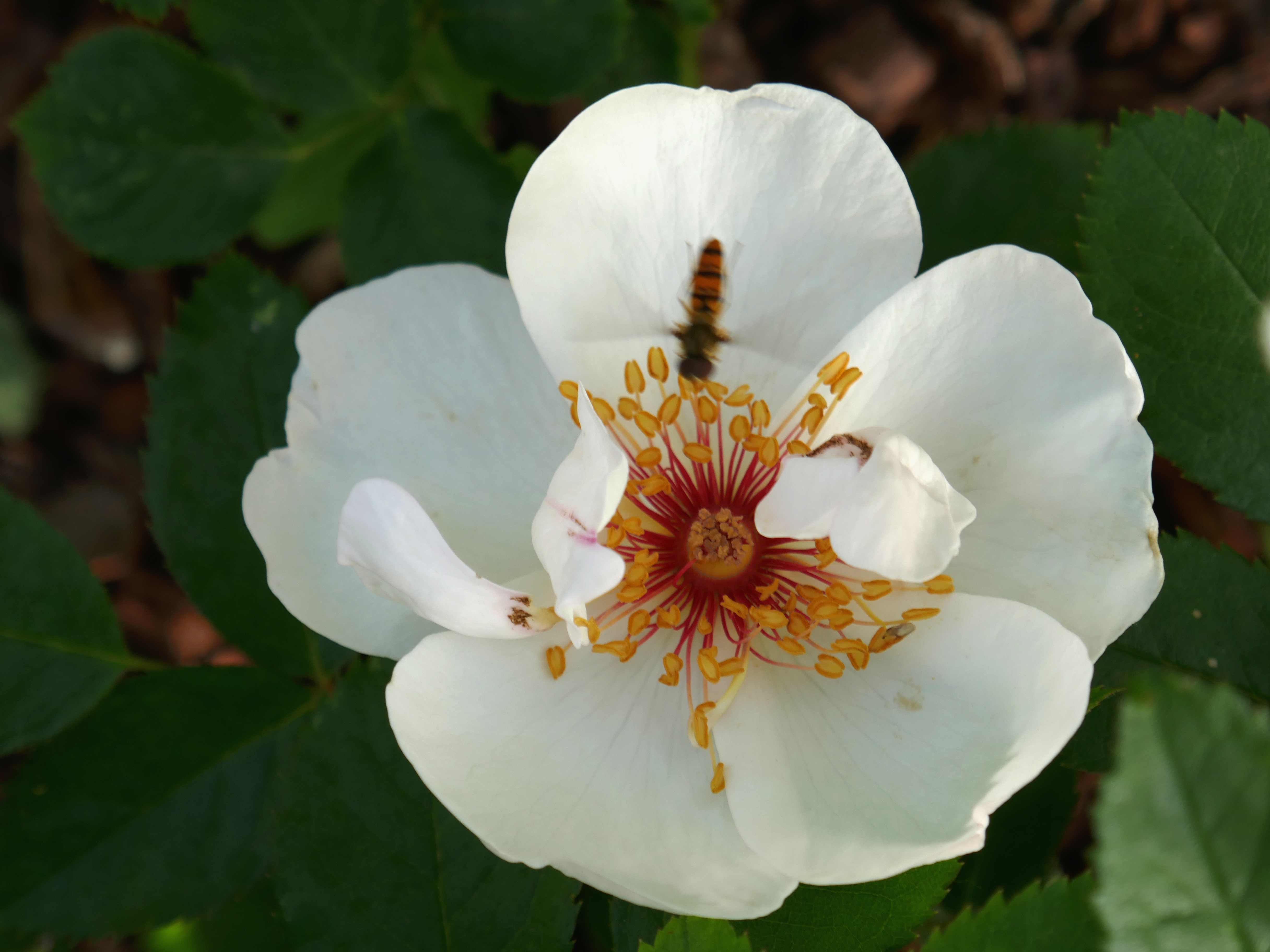
‘Jacqueline du Pré’, Harkness, 1986
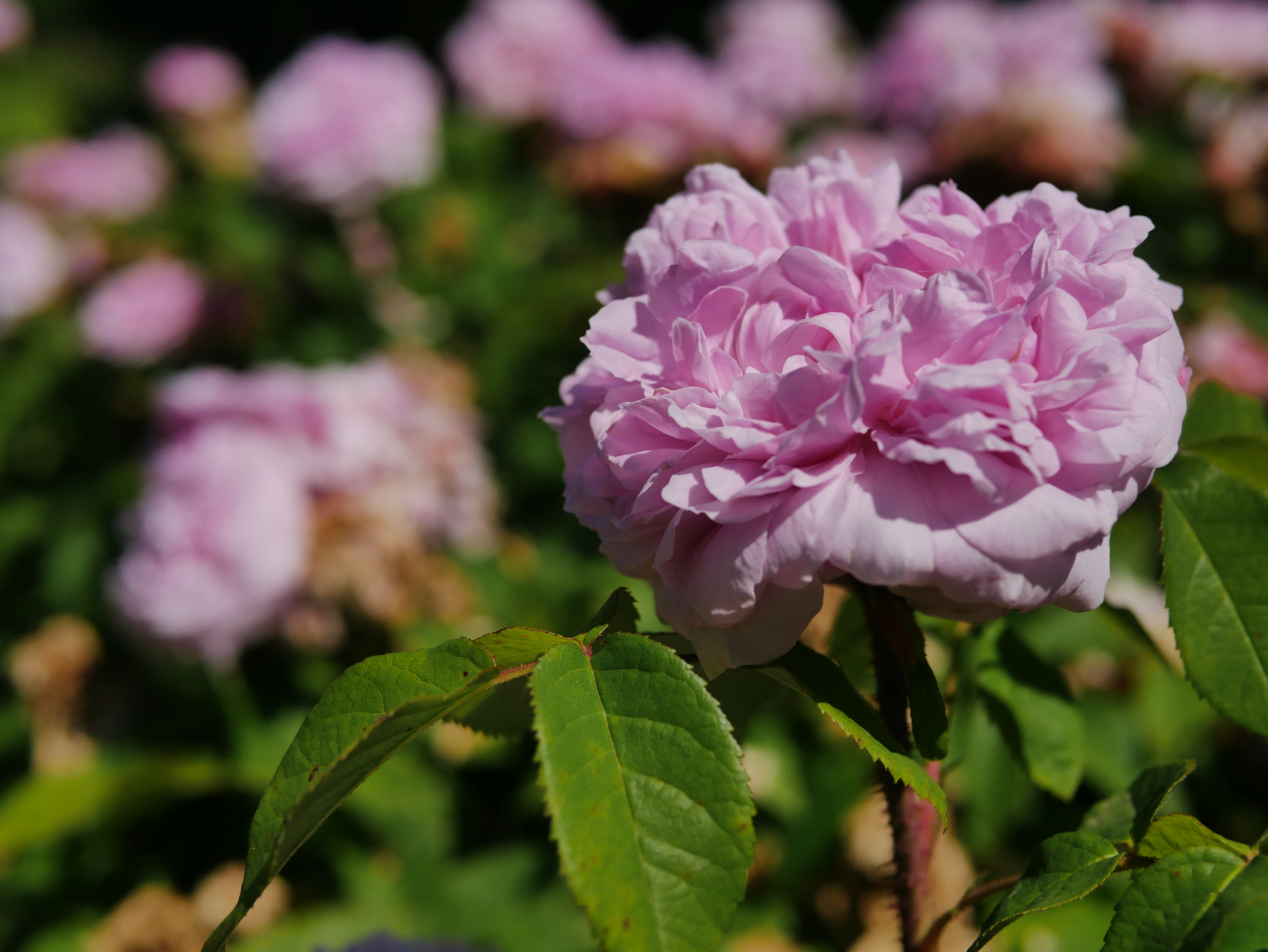
Jacques Cartier (Rose), Robert Moriau, 1868
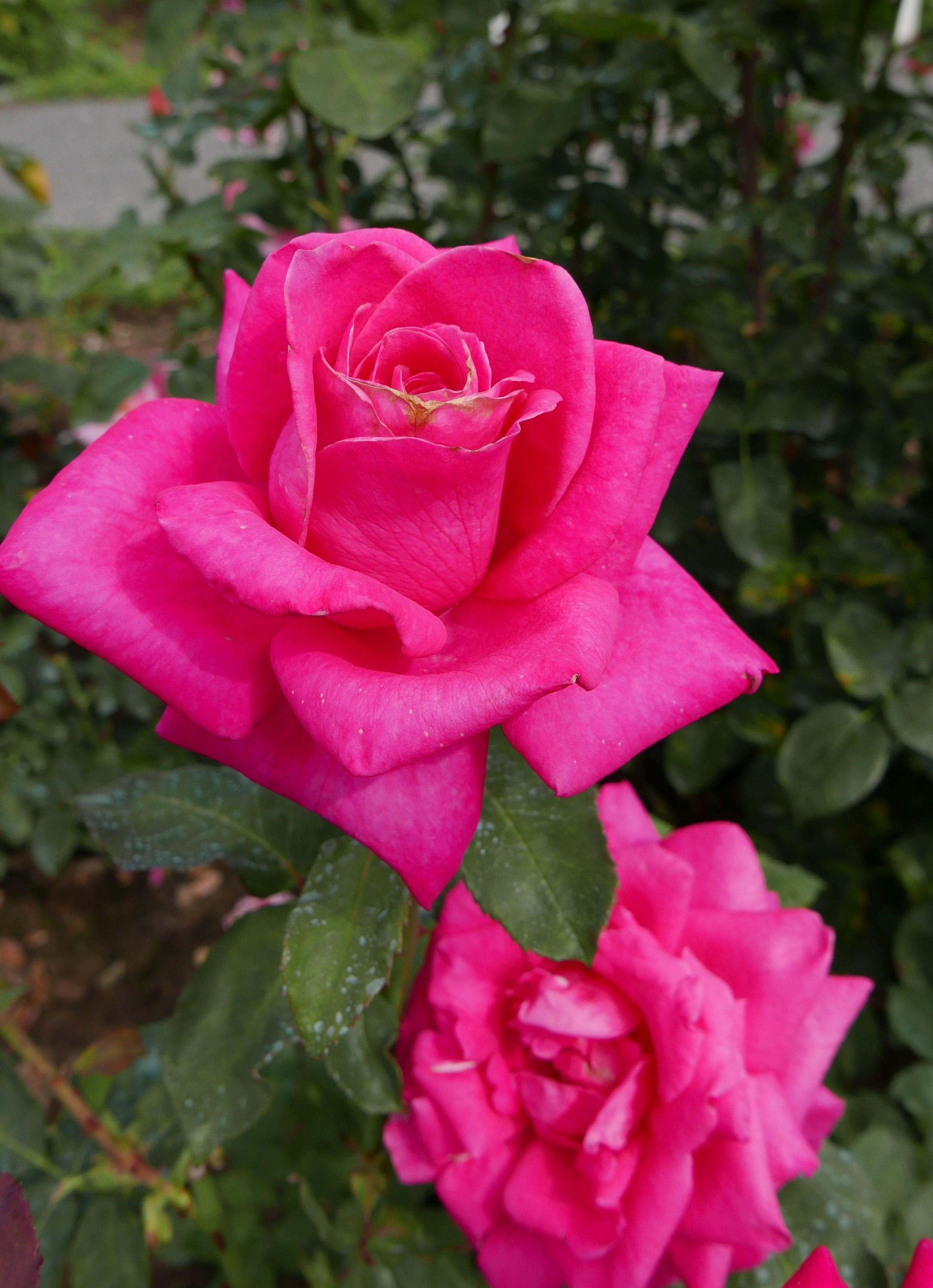
‘James Bond’, Tantau, 1966
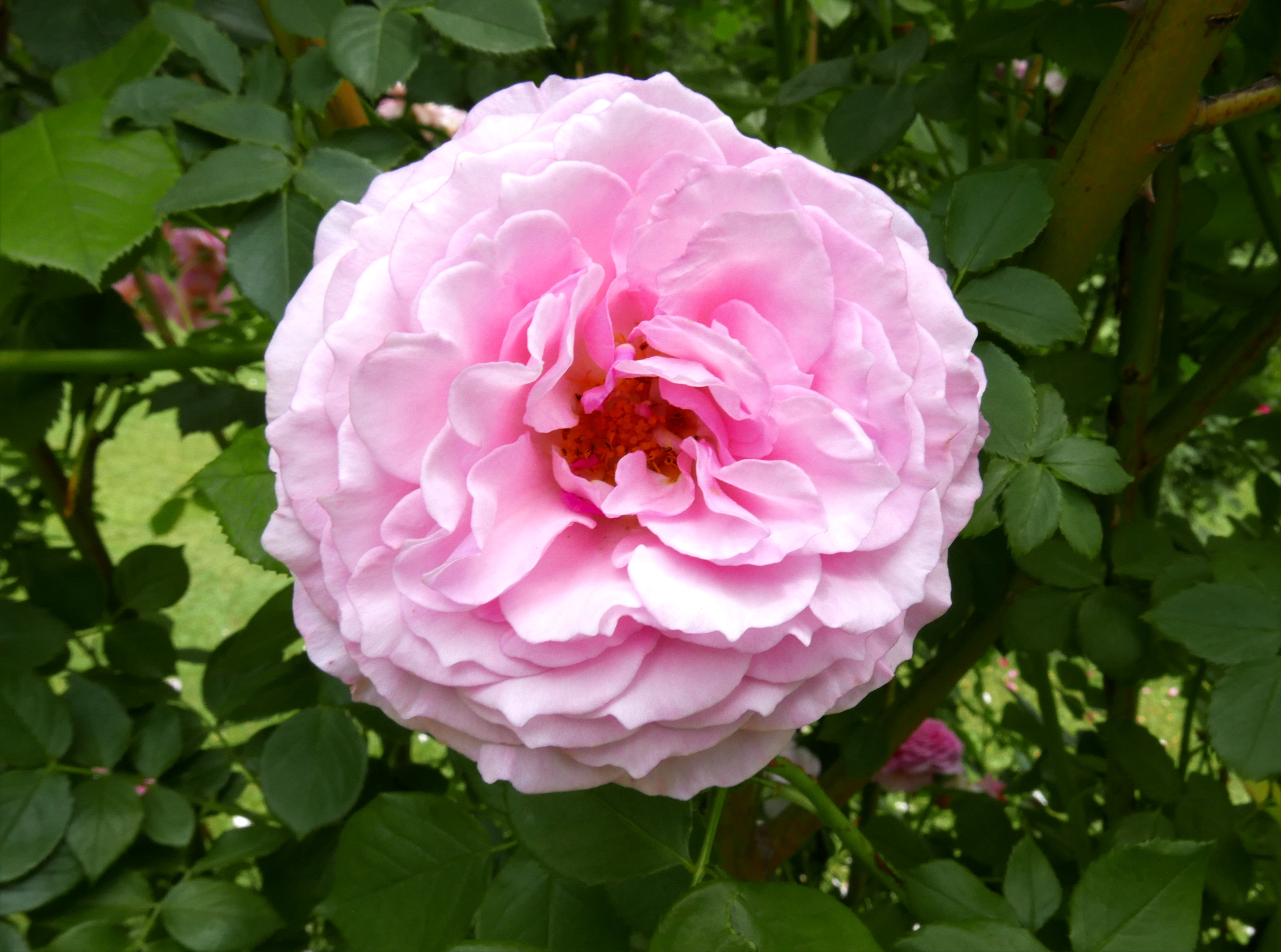
‘James Galway’, Austin, 2000
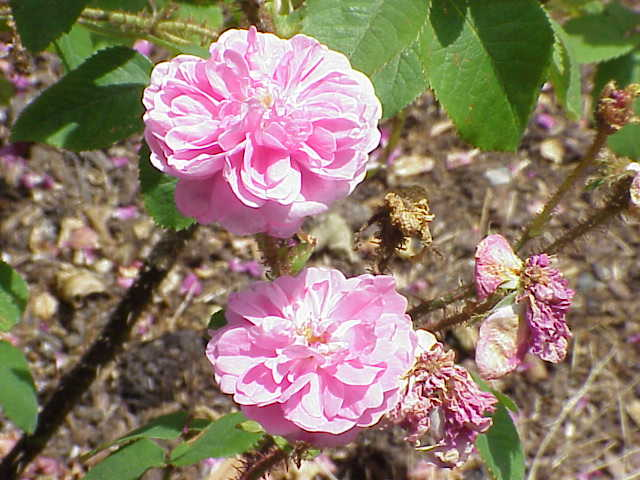
‘James Mitchell’, Verdier, 1861
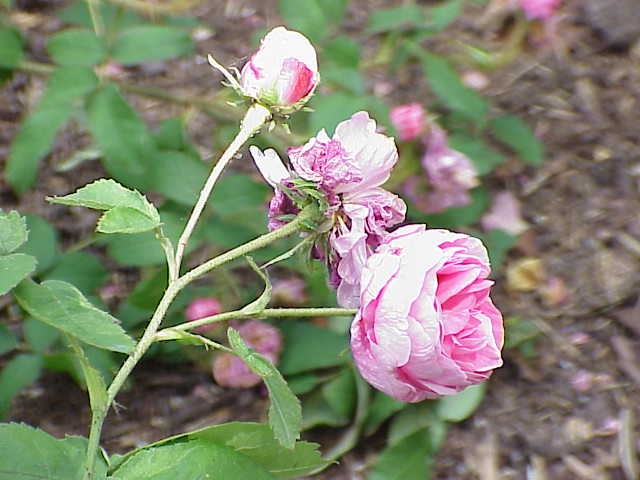
‘James Veitch’, Verdier, 1865
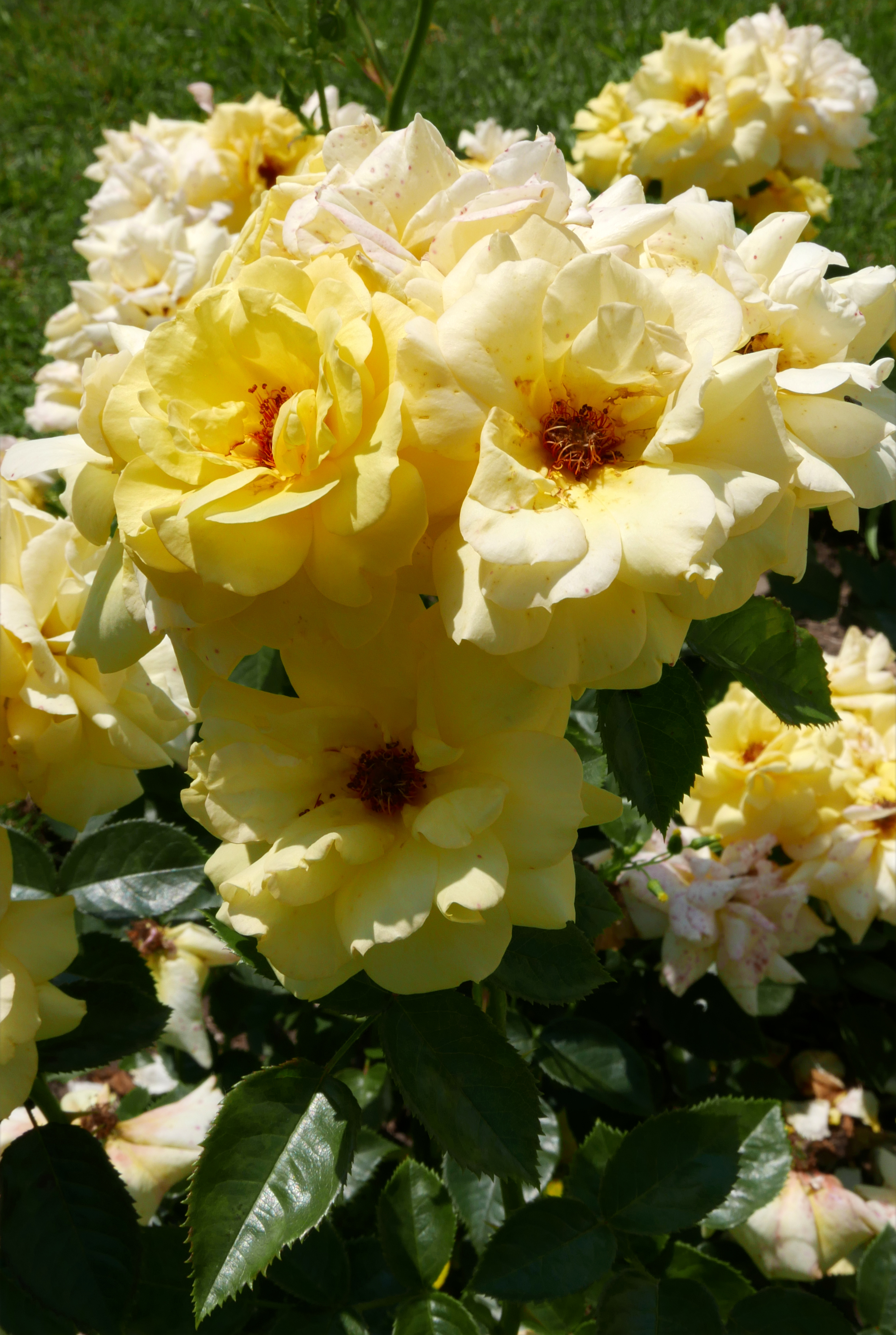
‘Jan Spek’, McGredy, 1960
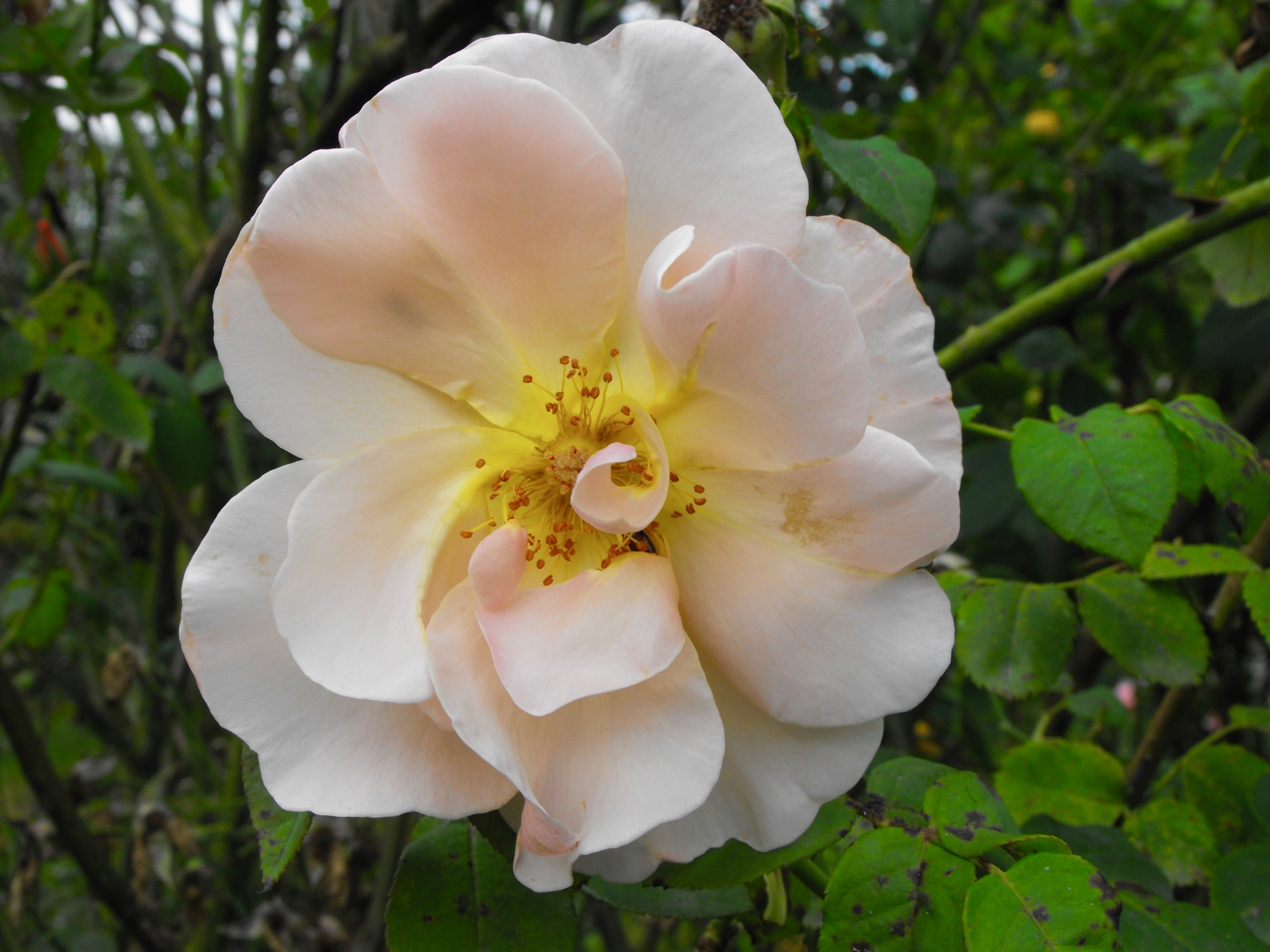
‘Jaquenetta’, Austin, 1983
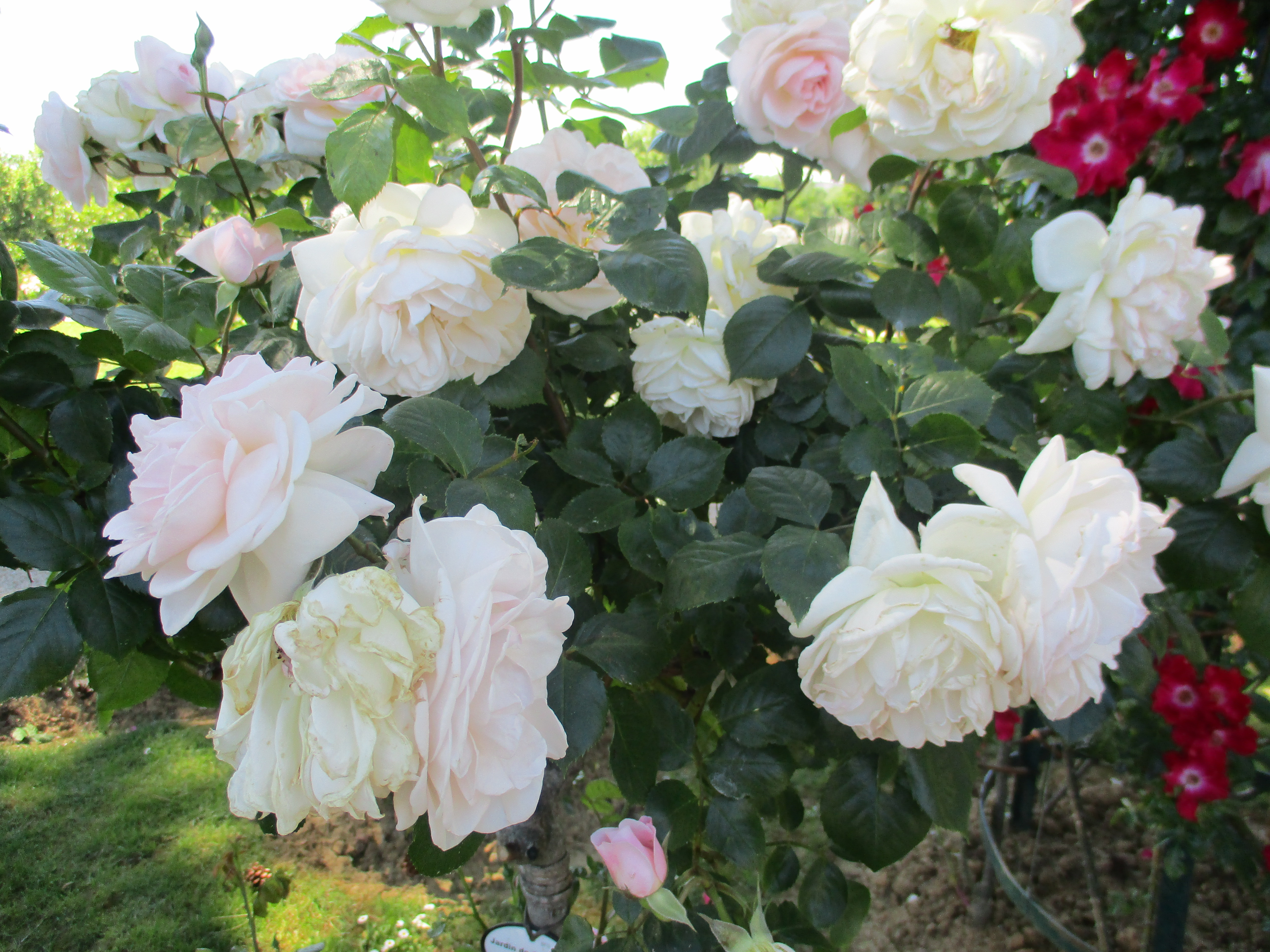
‘Jardin de Granville’, Jérôme Rateau/André Eve, 2005/2010
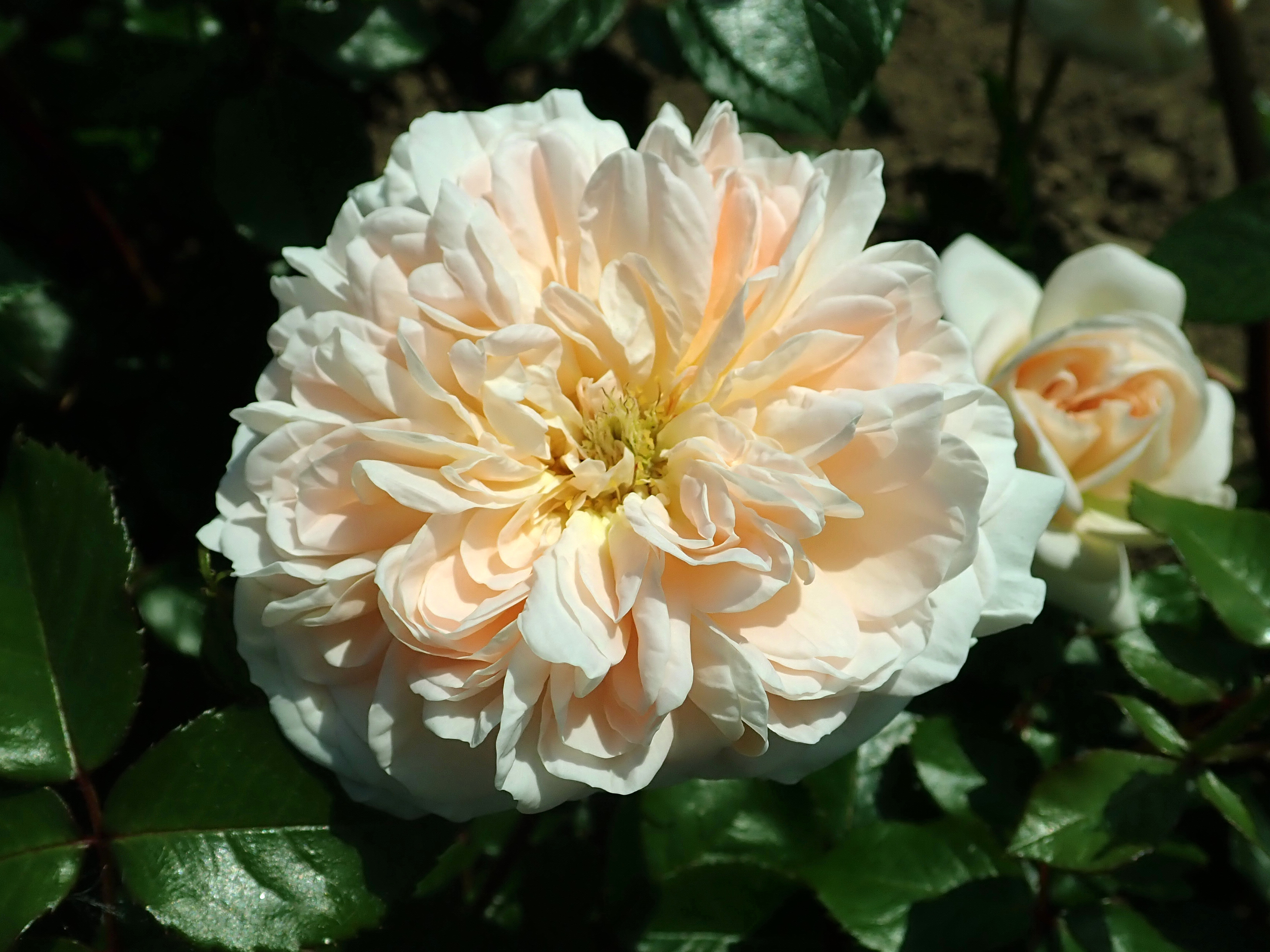
‘Jardins de l’Essonne’, Delbard, 2000
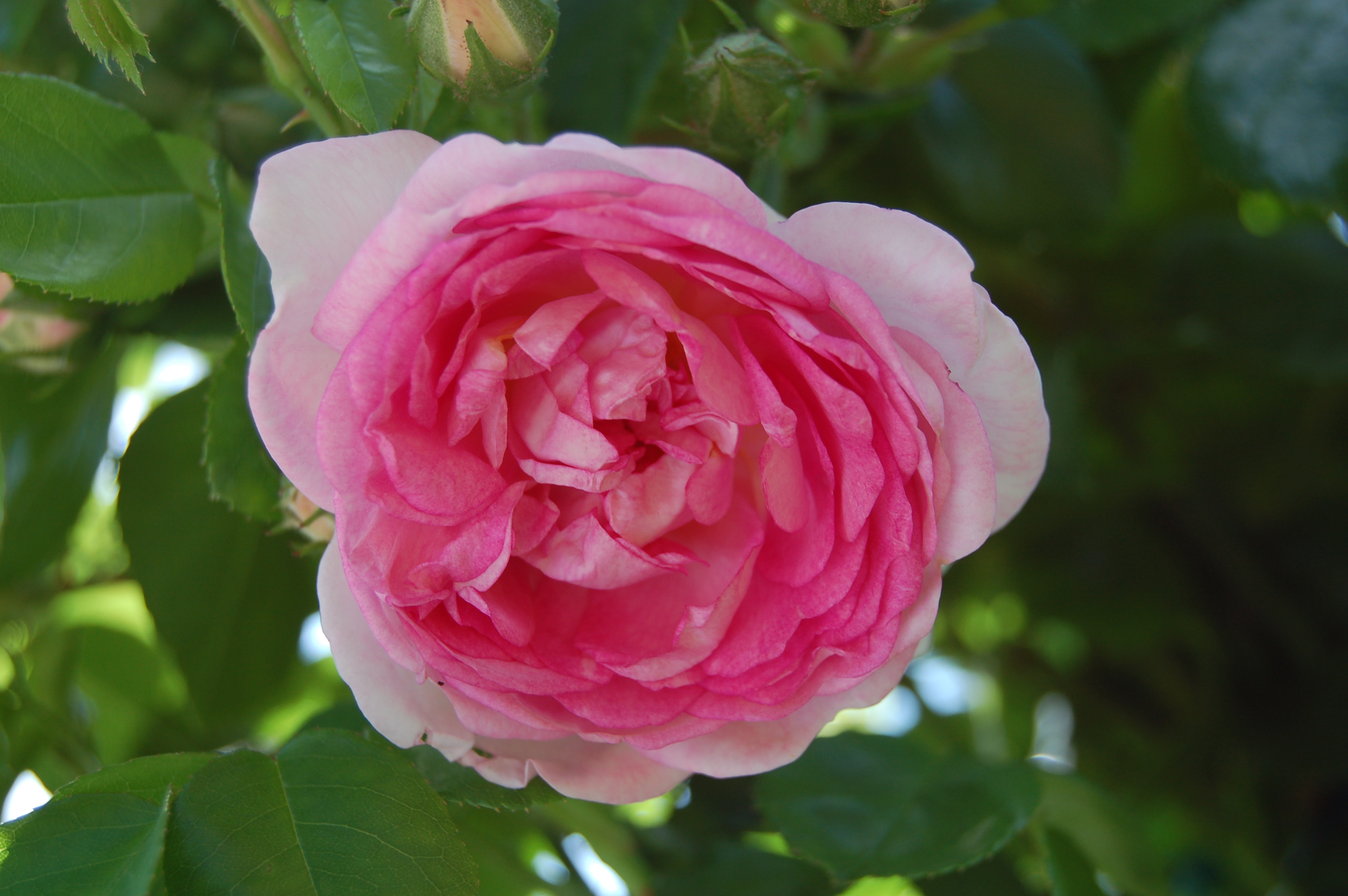
‘Jasmina’, Kordes, 2004
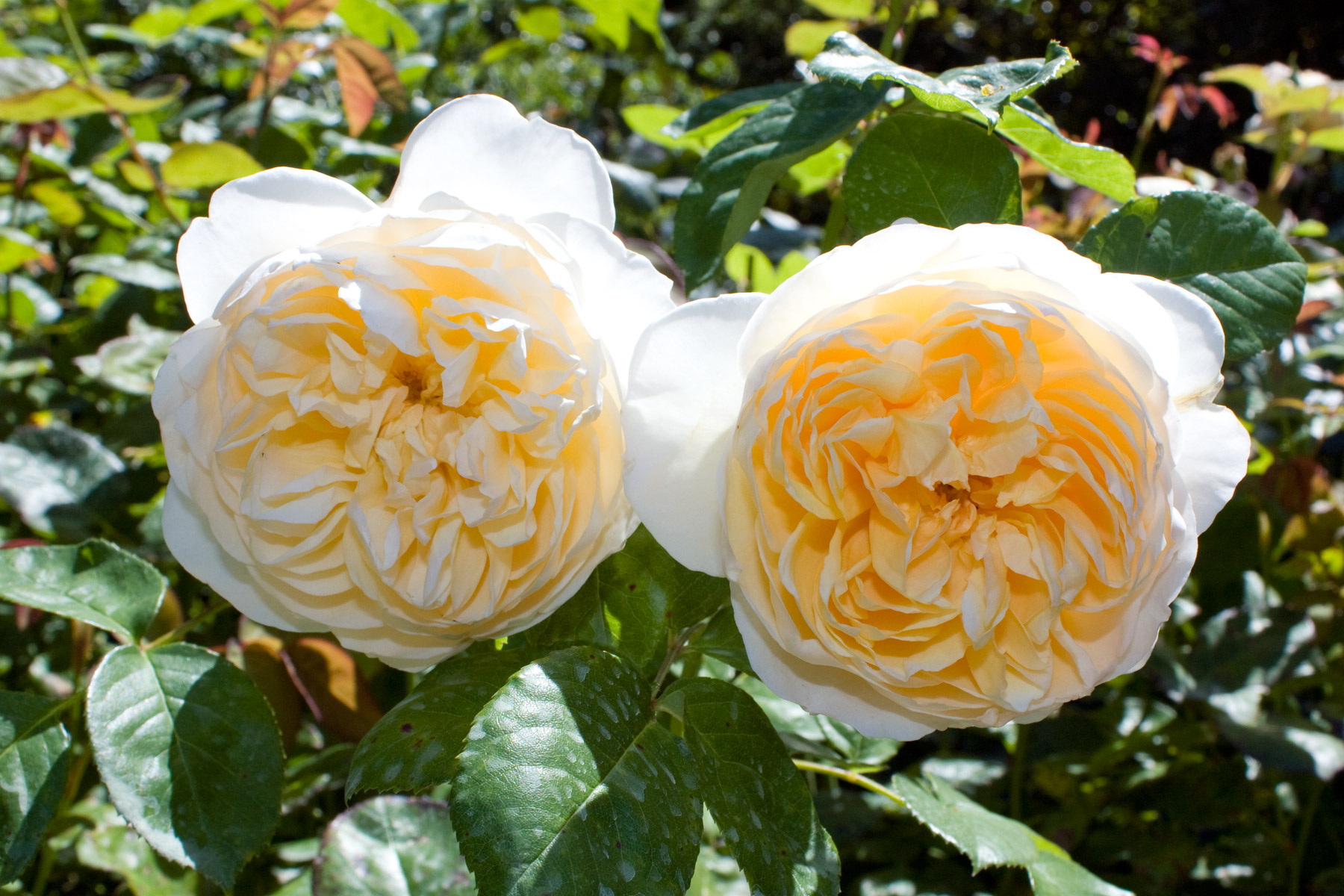
‘Jayne Austin’, David Austin, 1993
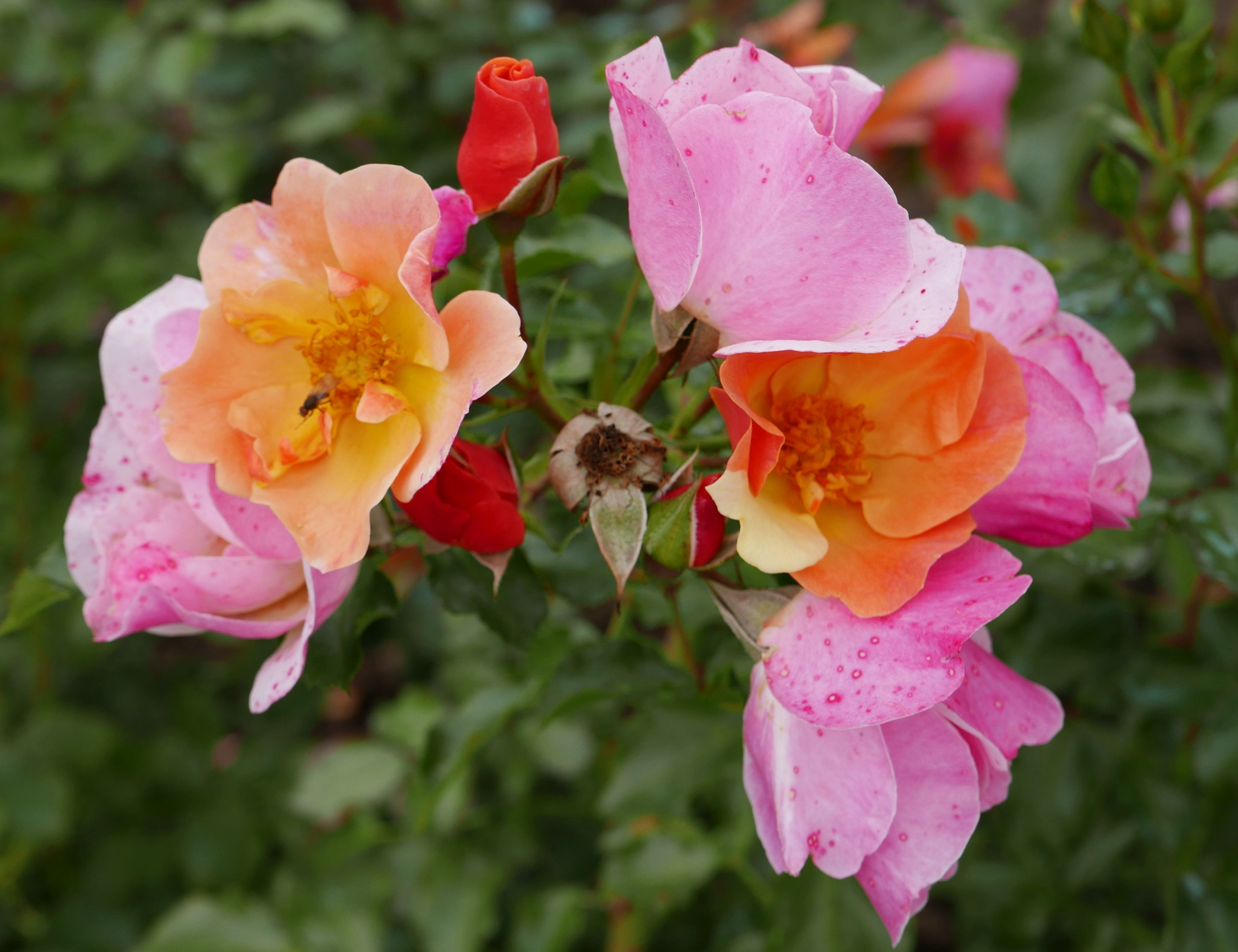
‘Jazz’, Tantau, 2009
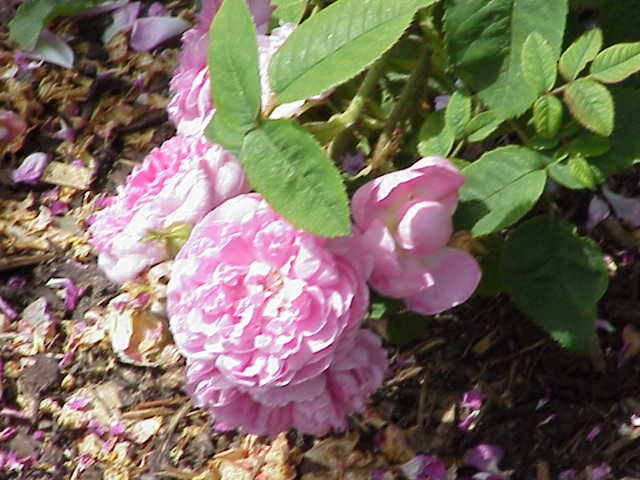
‘Jean Bodin’, Vibert, 1846, 2004
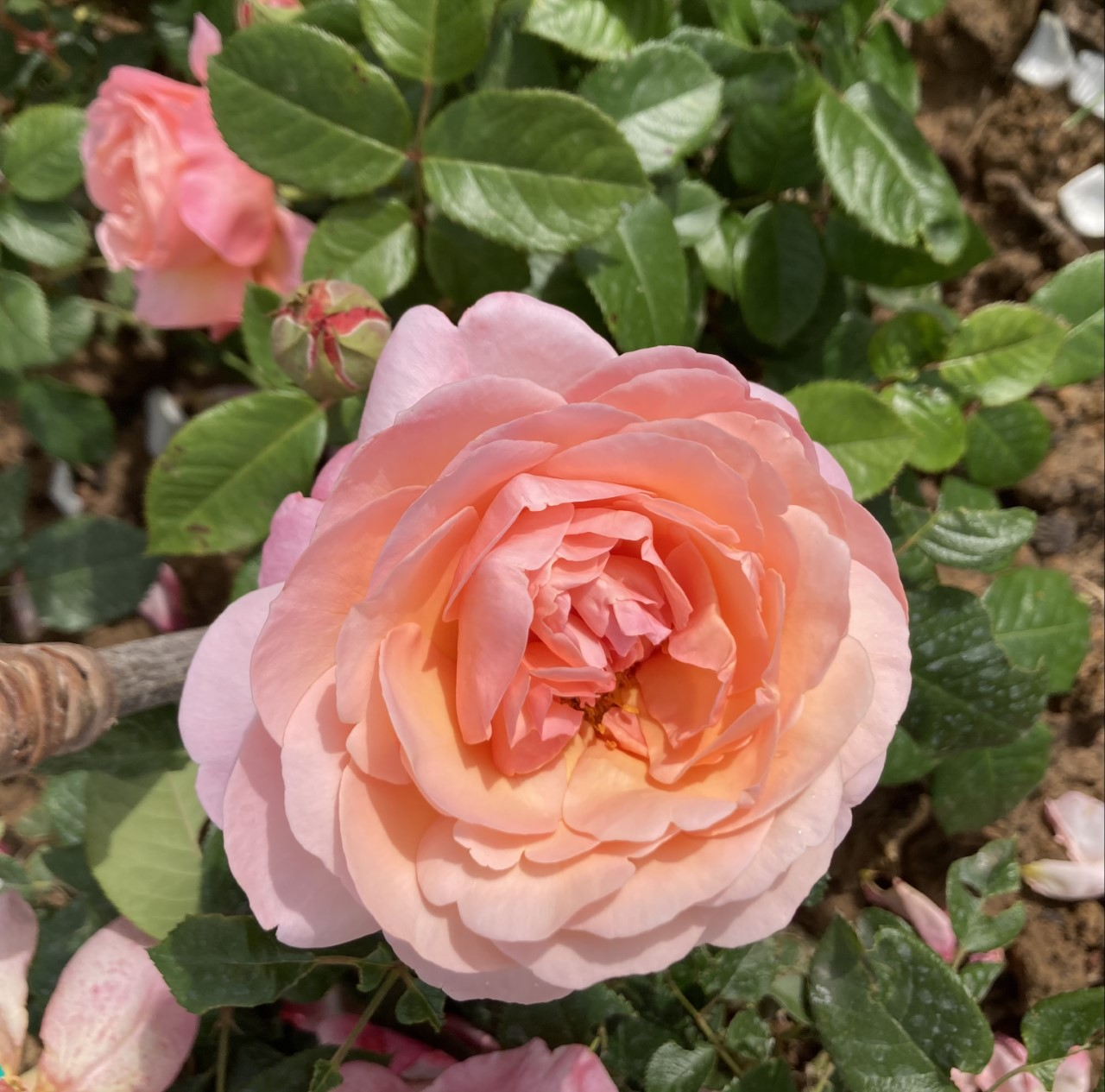
‘Jean de La Fontaine’, Meilland, 2020
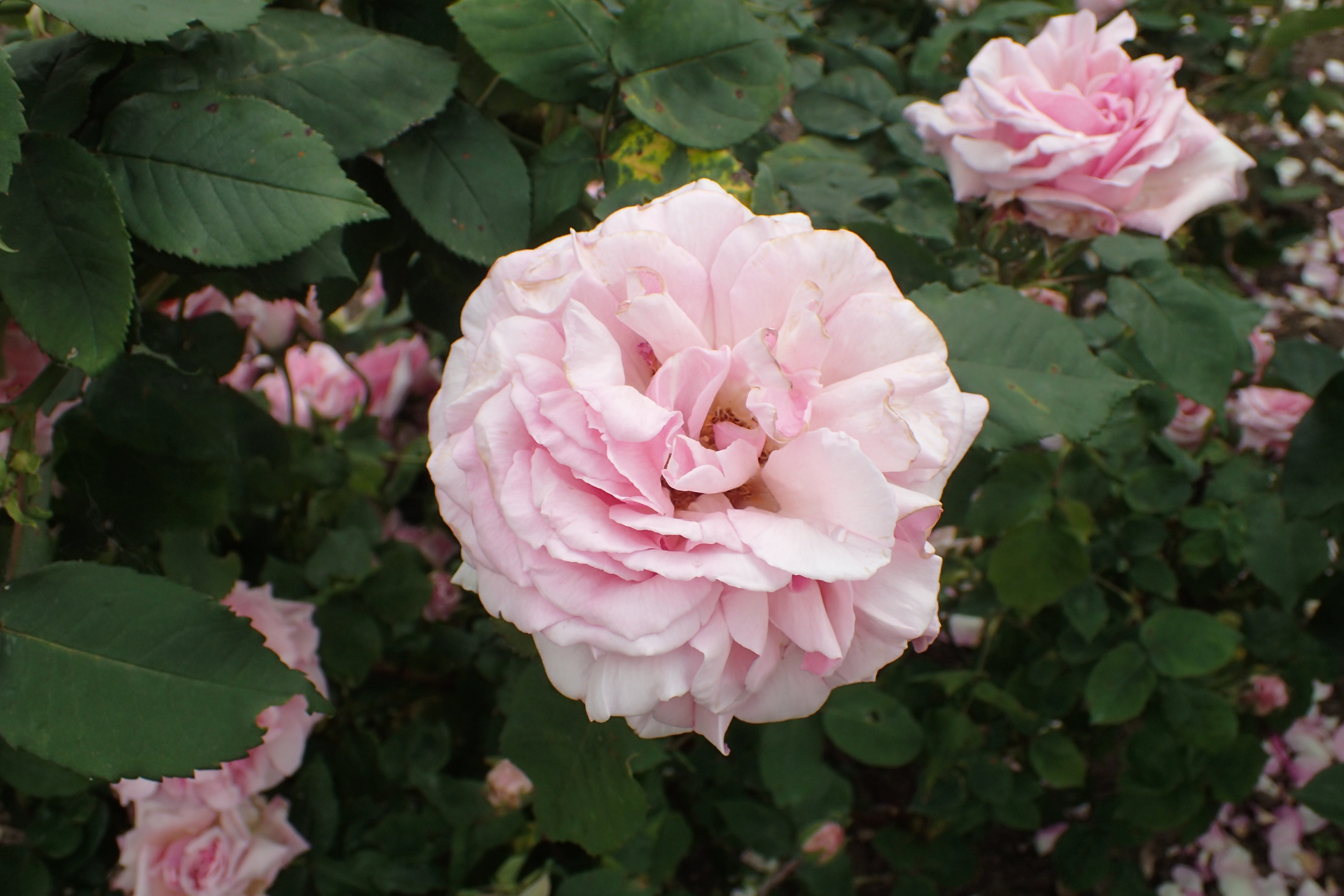
‘Jean Rameau’, Turbat, 1918
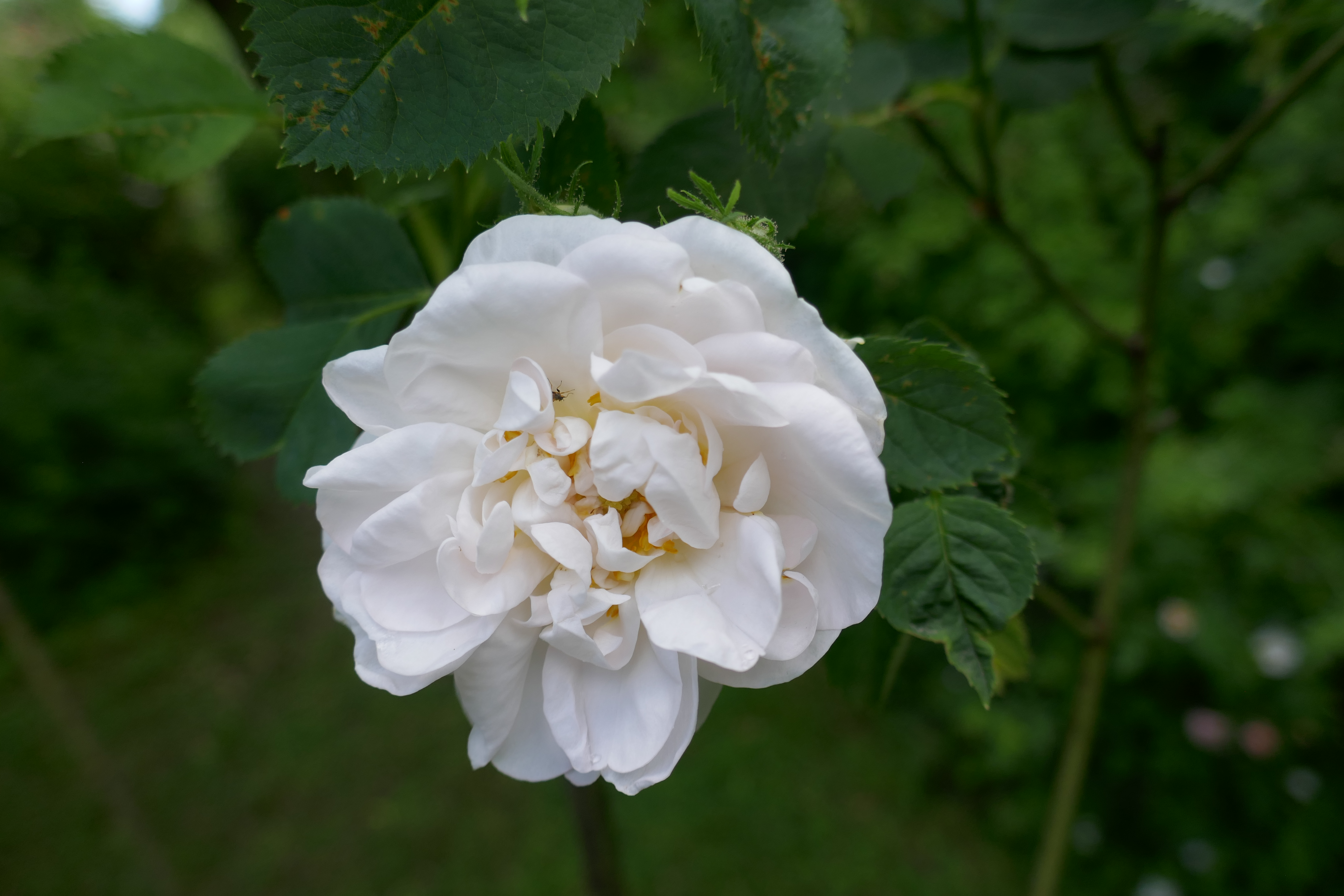
‘Jeanne d’Arc’, Vibert, 1818
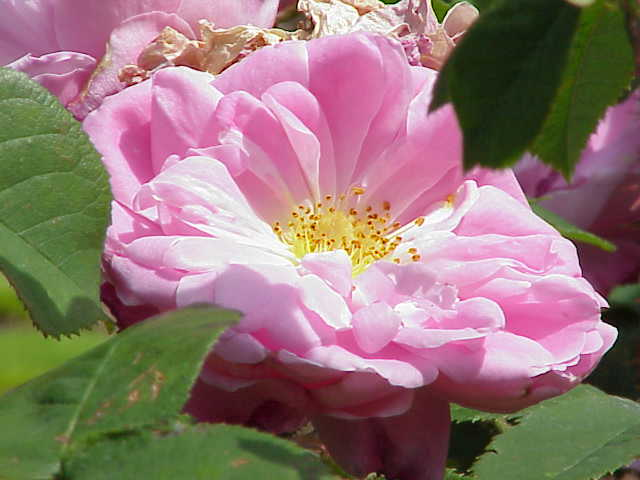
‘Jeanne de Montfort’, Robert, 1851
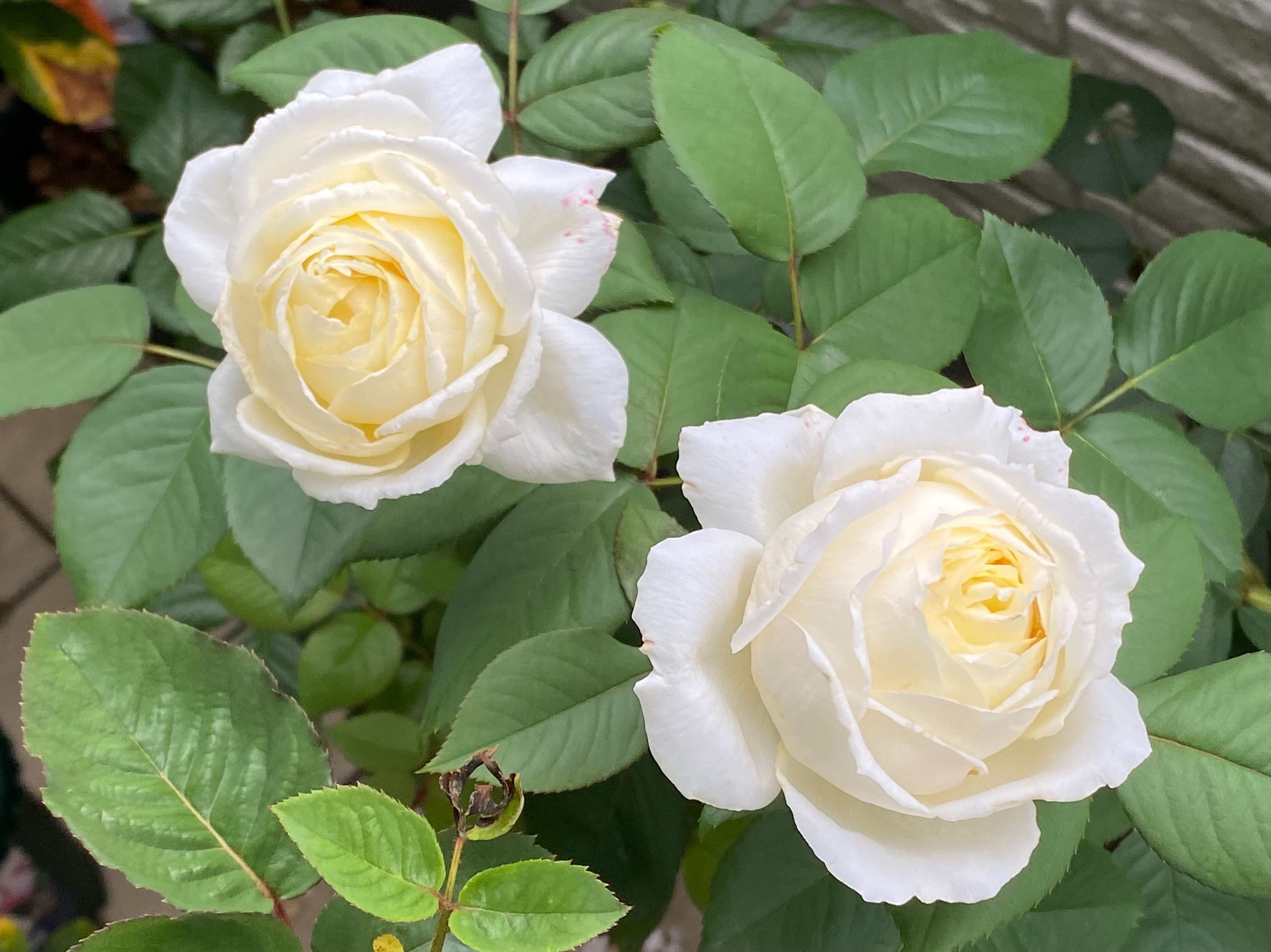
‘Jeanne Moreau’, Meilland, 2000/2005
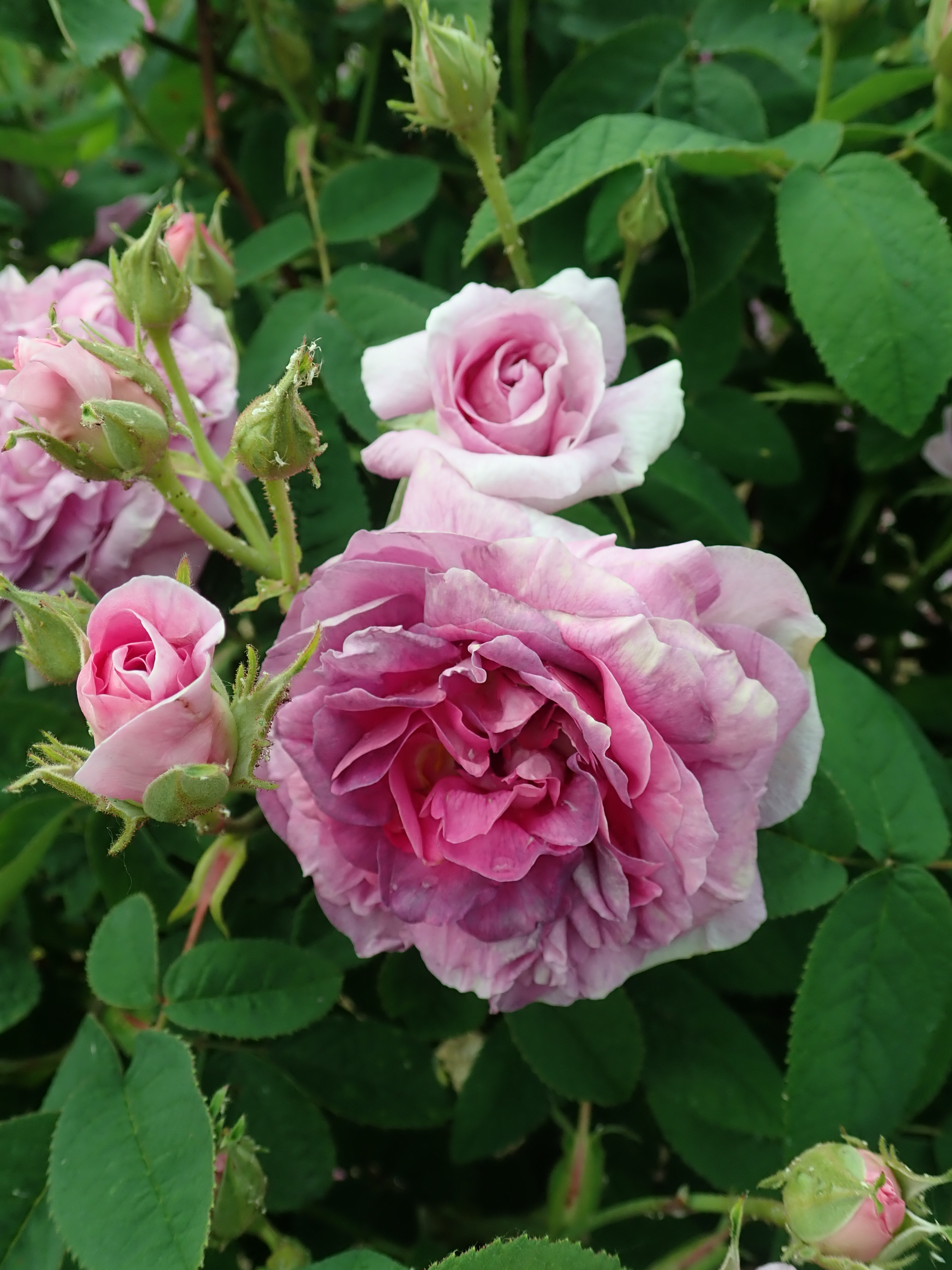
‘Jenny Duval’, Hippolyte Duval, vor 1842
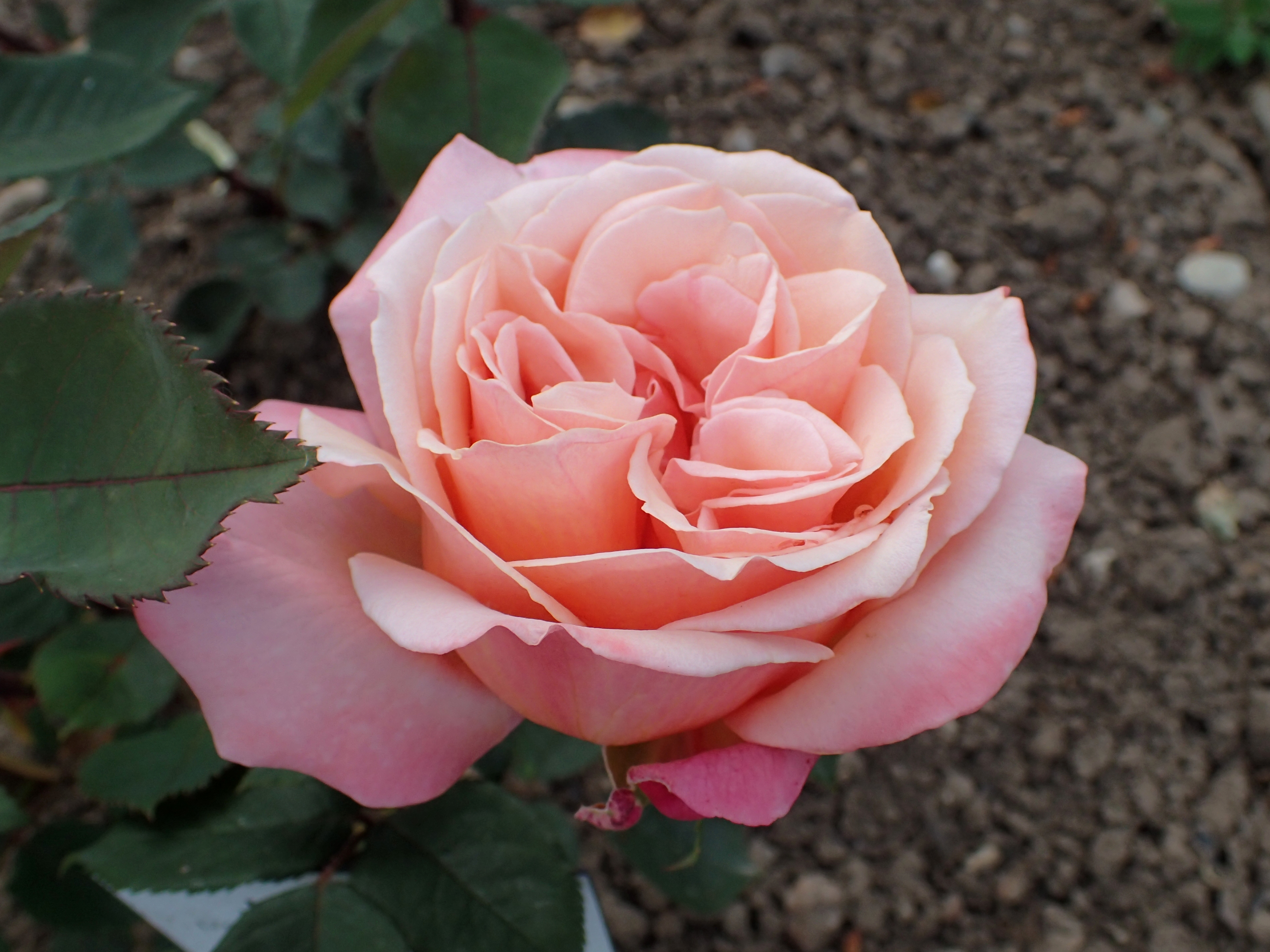
‘Jessika’, Tantau, 1971
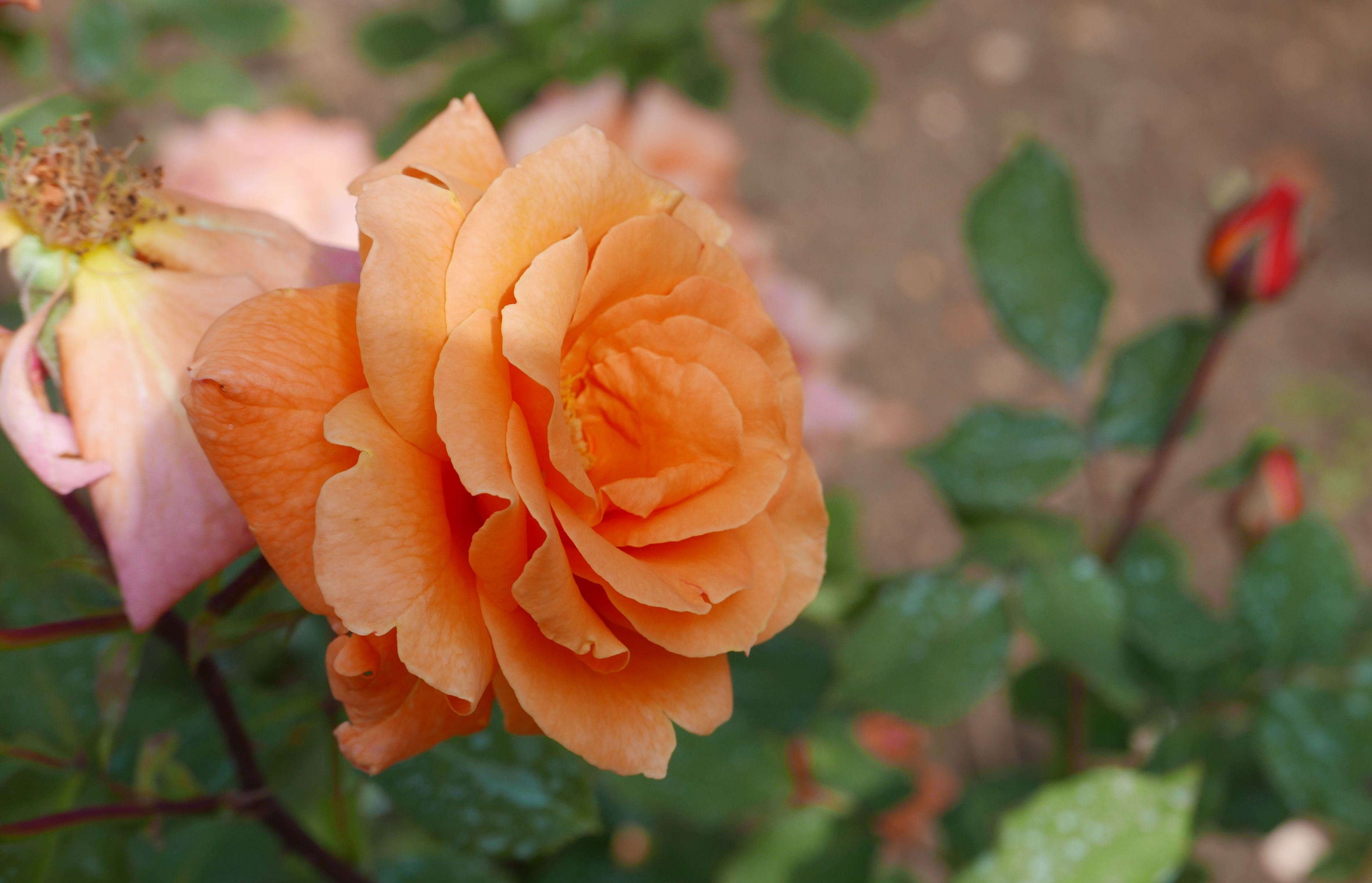
‘Joe Polowsky Friedensrose’, Scholle, 2007
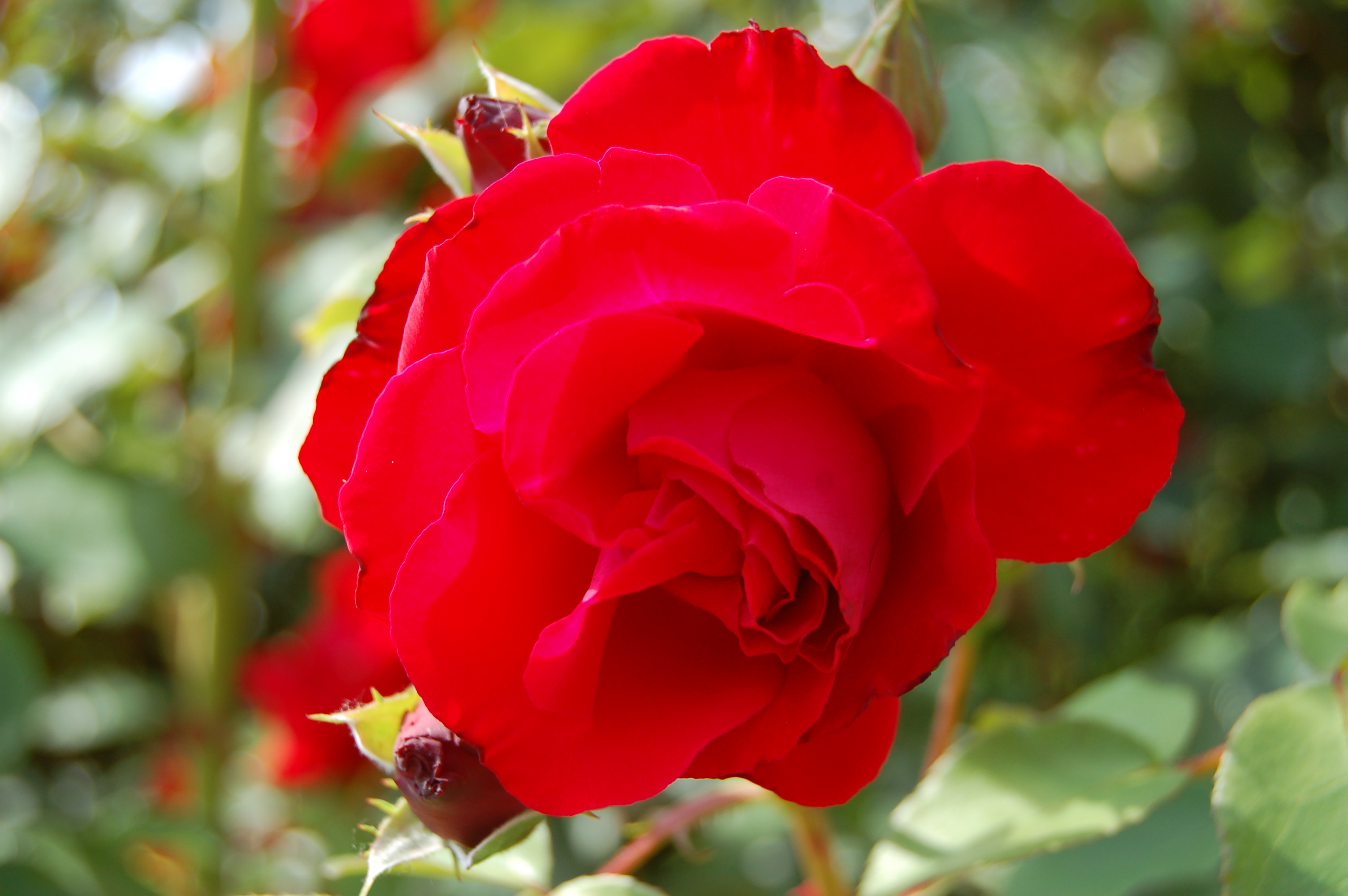
‘Johannisfeuer’, Evers/Tantau, 1988
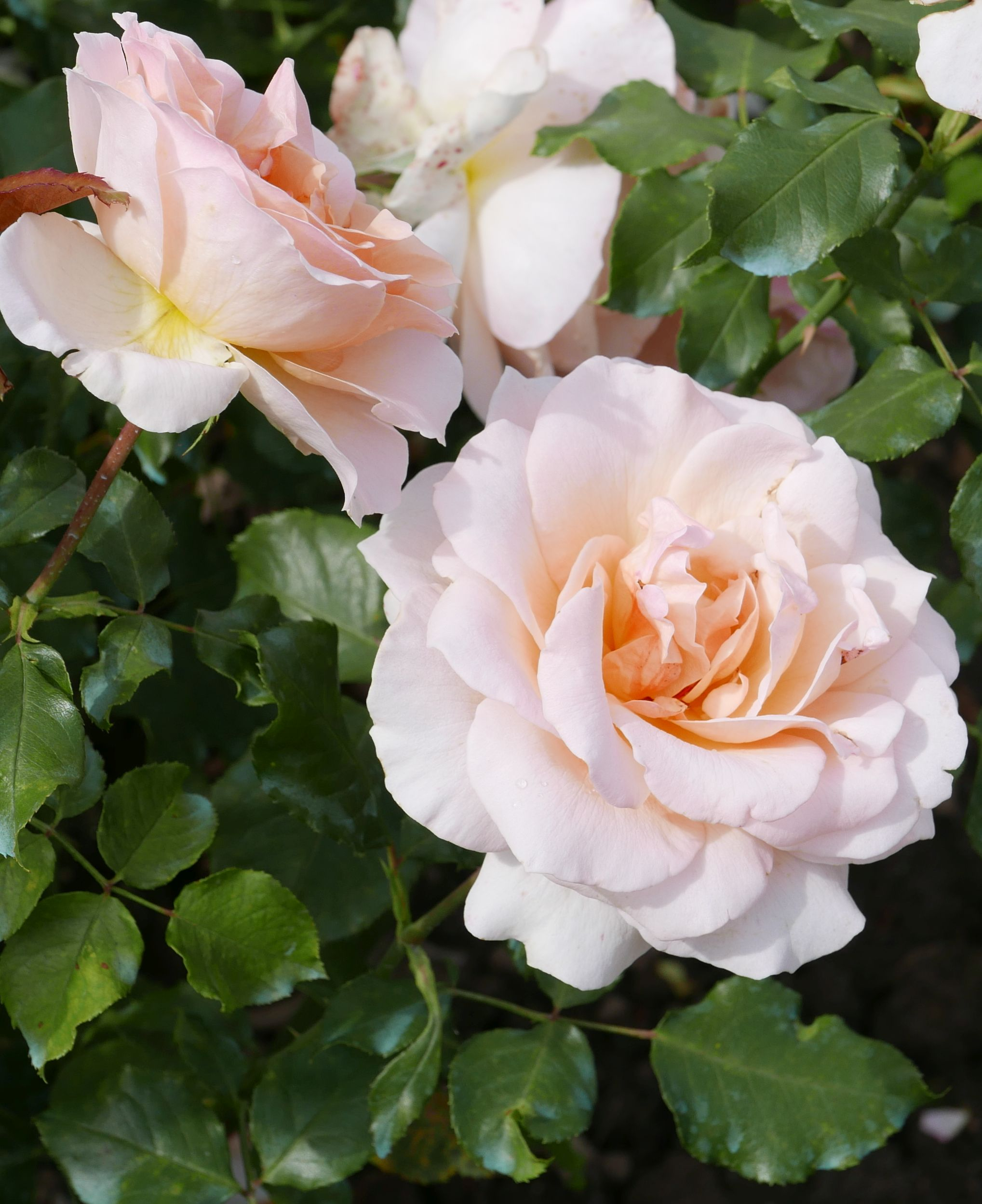
‘Johann Strauss’, Meilland, 1993
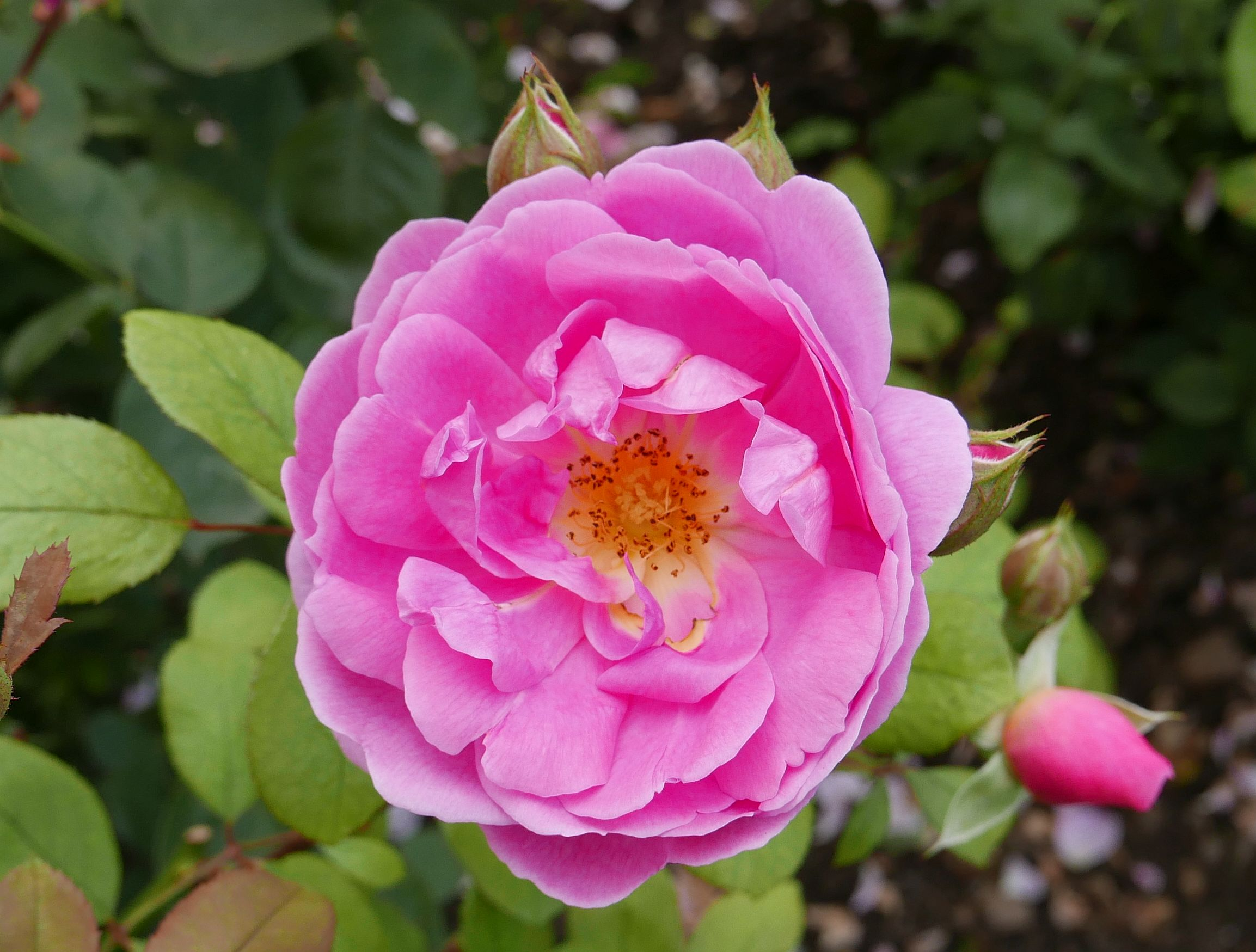
‘John Clare’, Austin, 1994
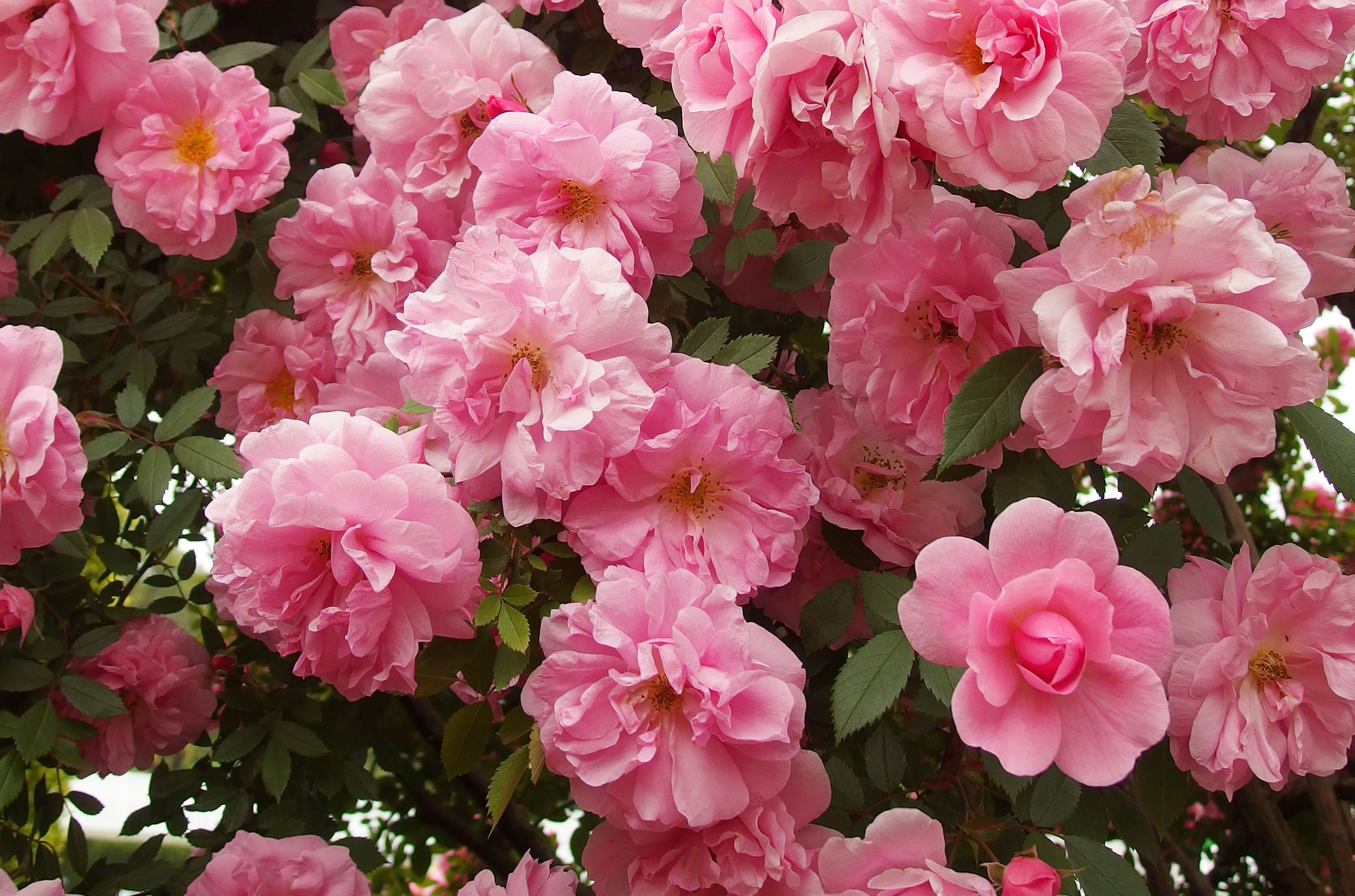
‘John Davis’, Felicitas Svejda, vor 1977
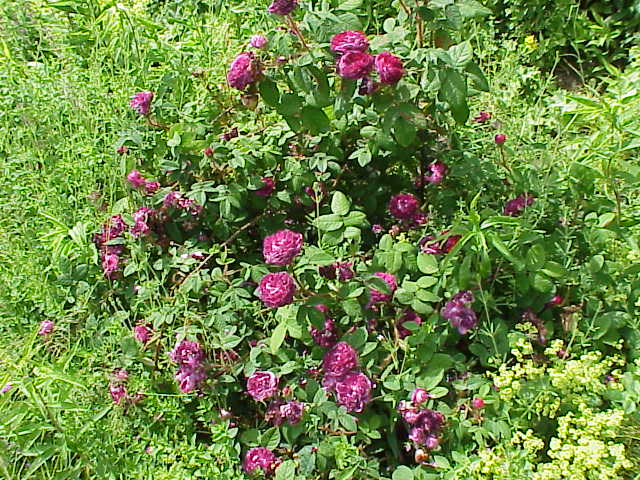
‘John Ingram’, Laffay, 1856
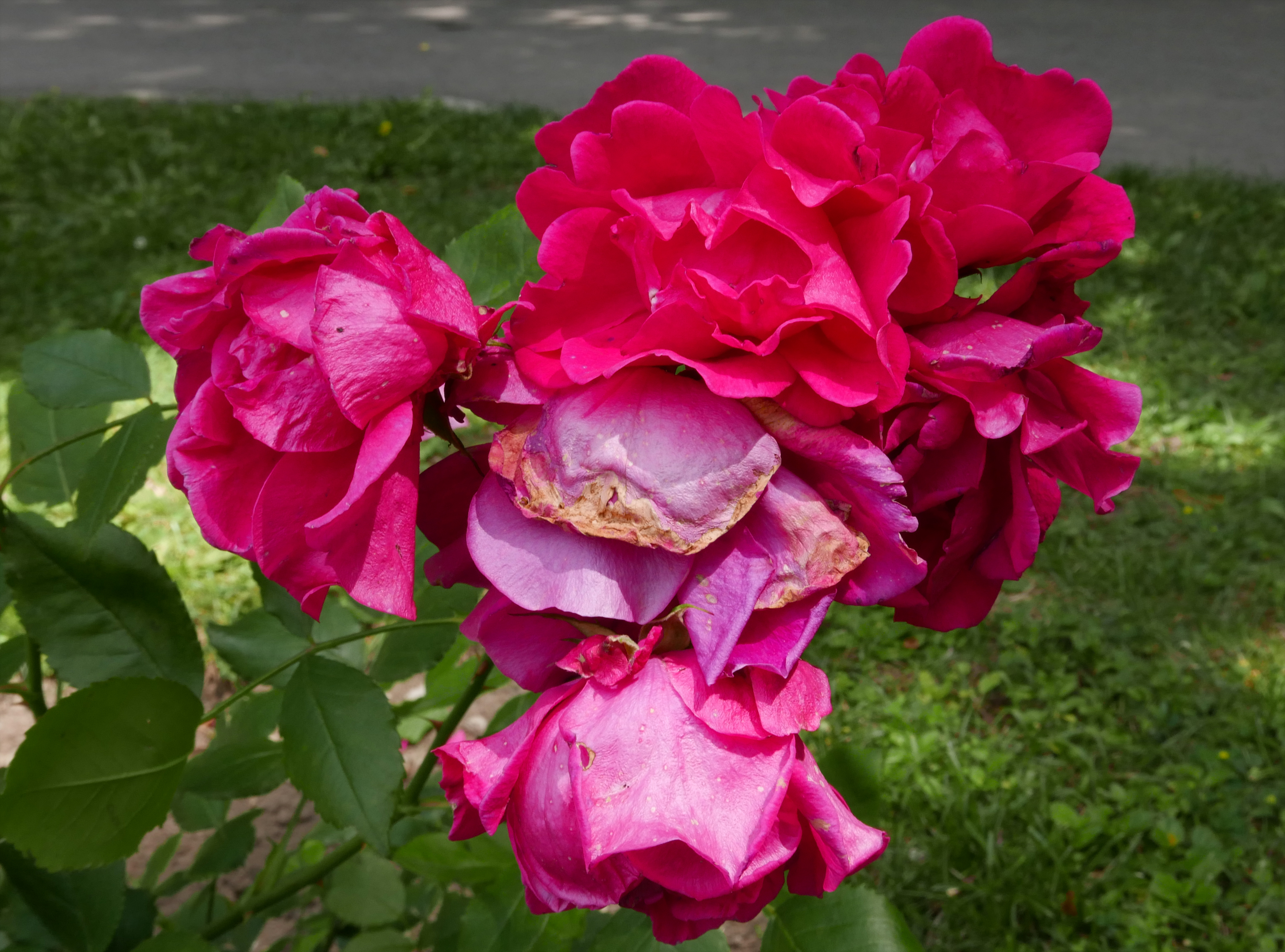
‘Joseph Guy’, Nonin, 1918
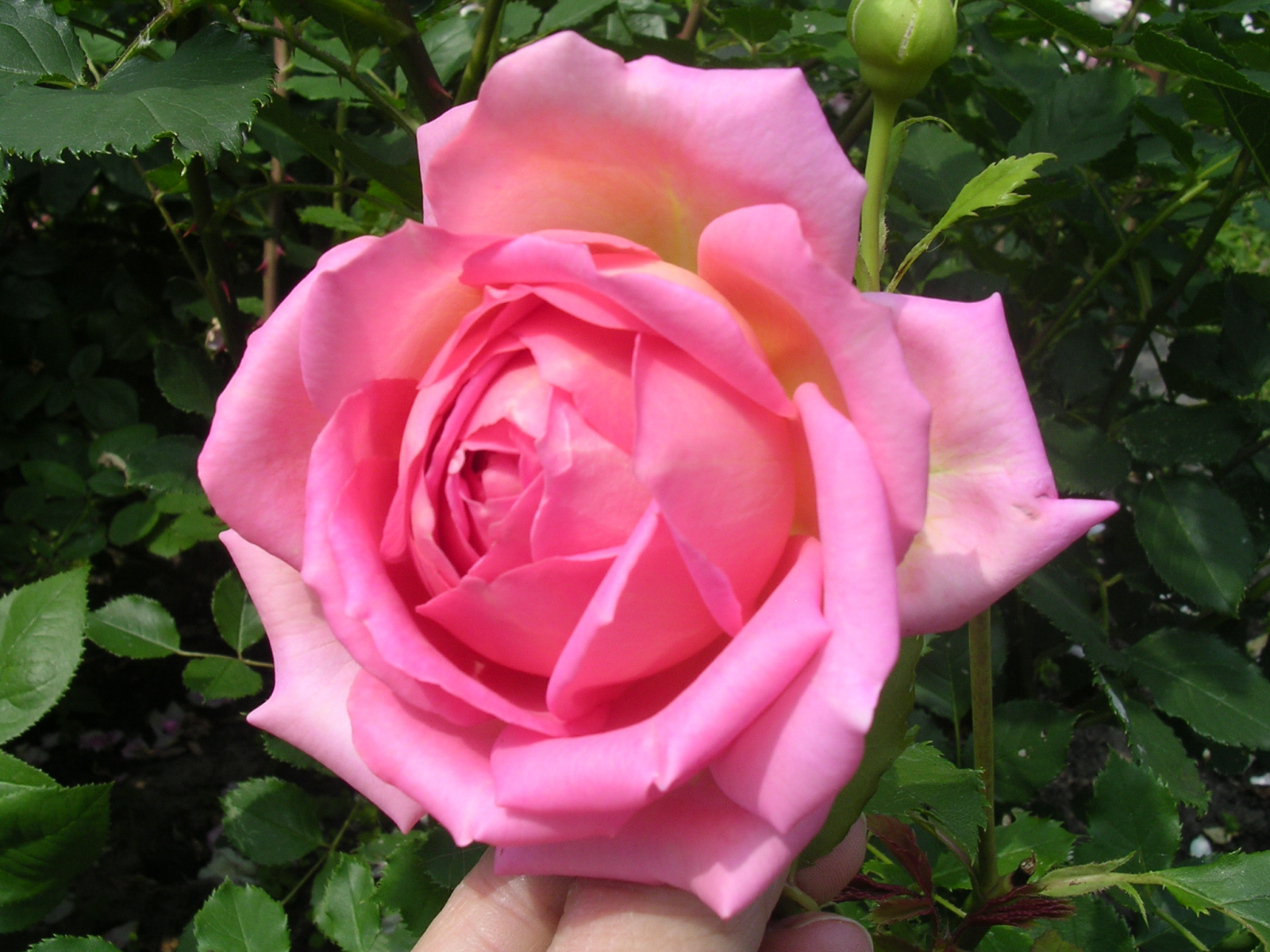
‘Jubilee Celebration’, Austin, 2002
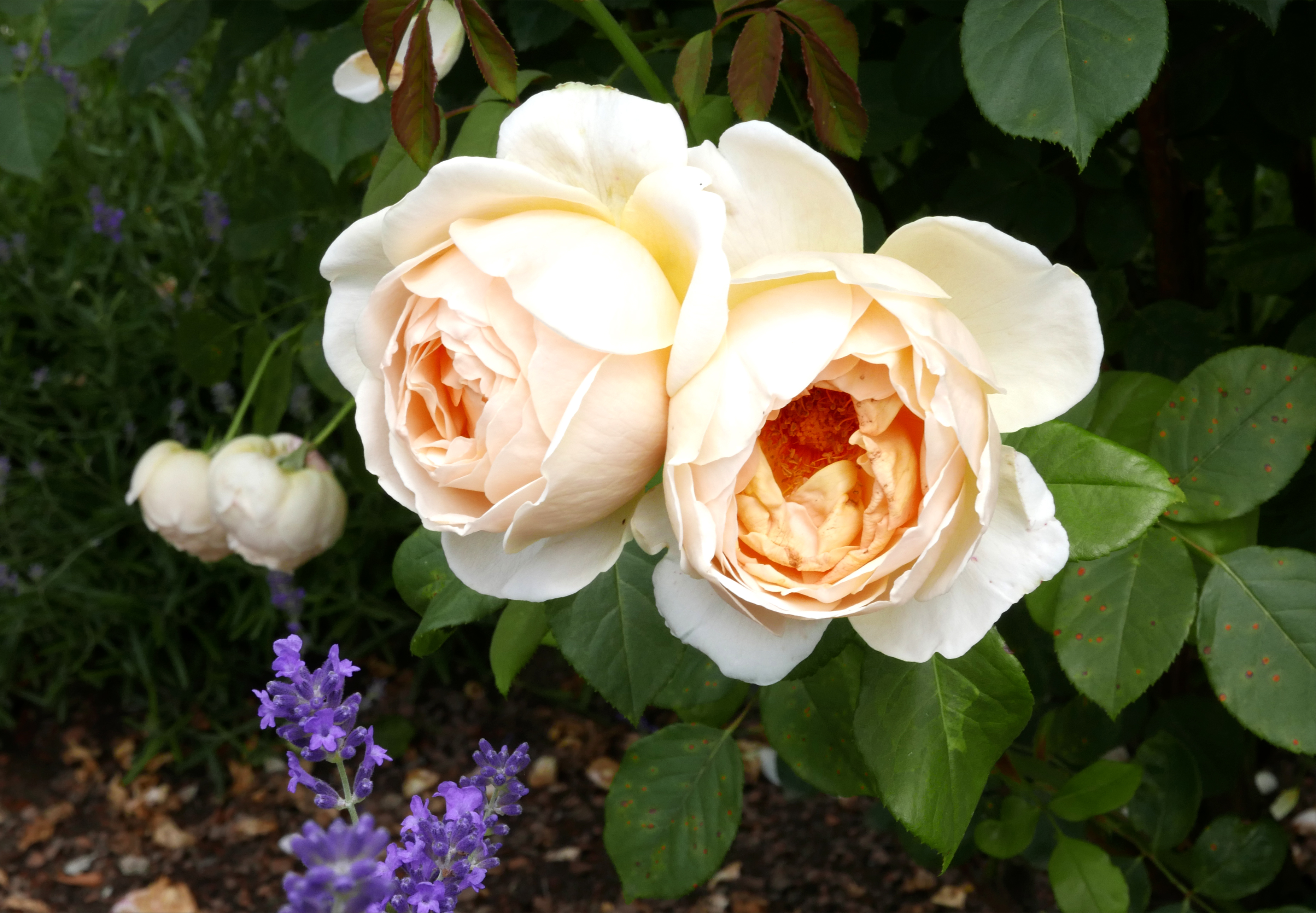
‘Jude the Obscure’, David Austin, 1995
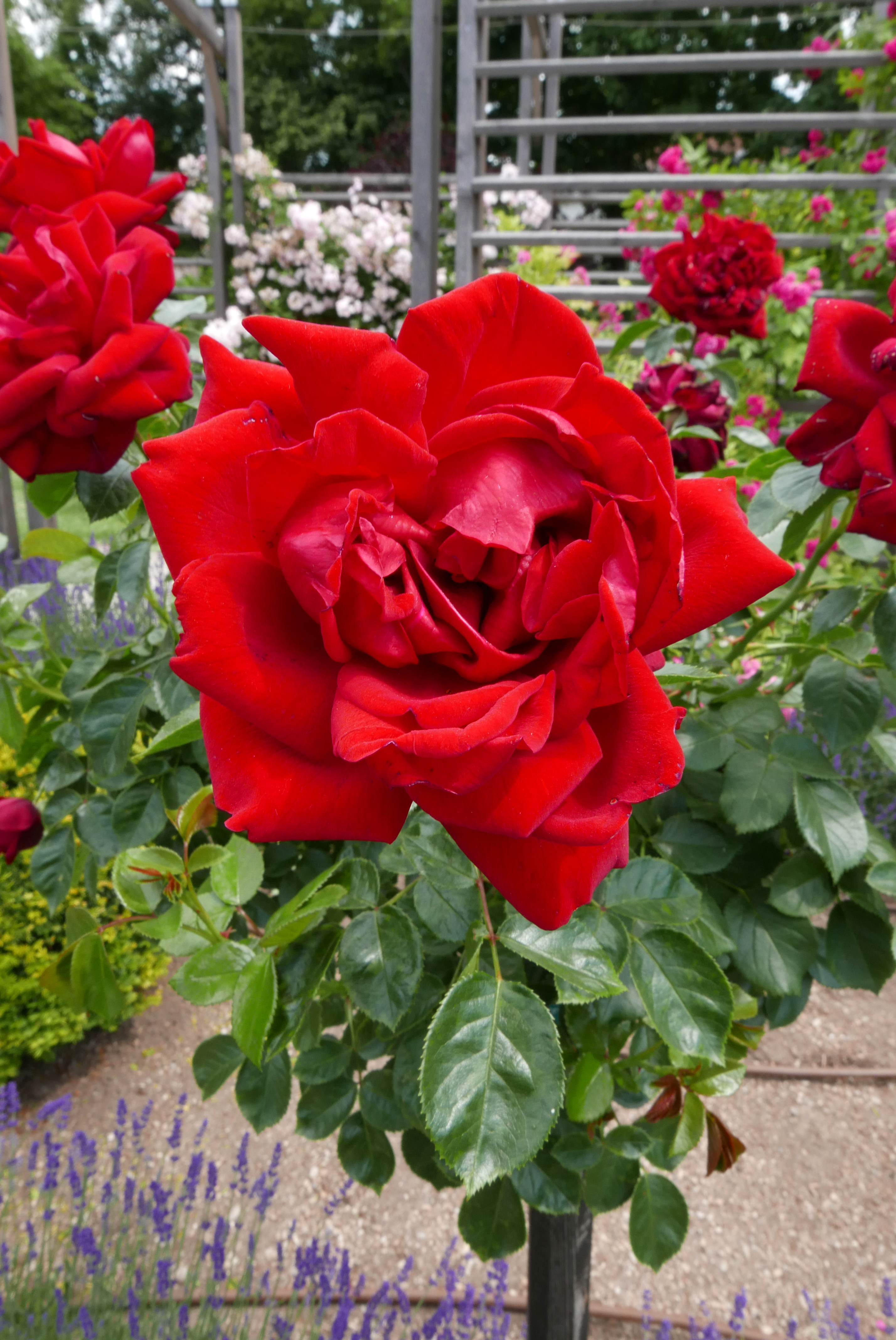
‘Jugendliebe’, Kordes, 2010
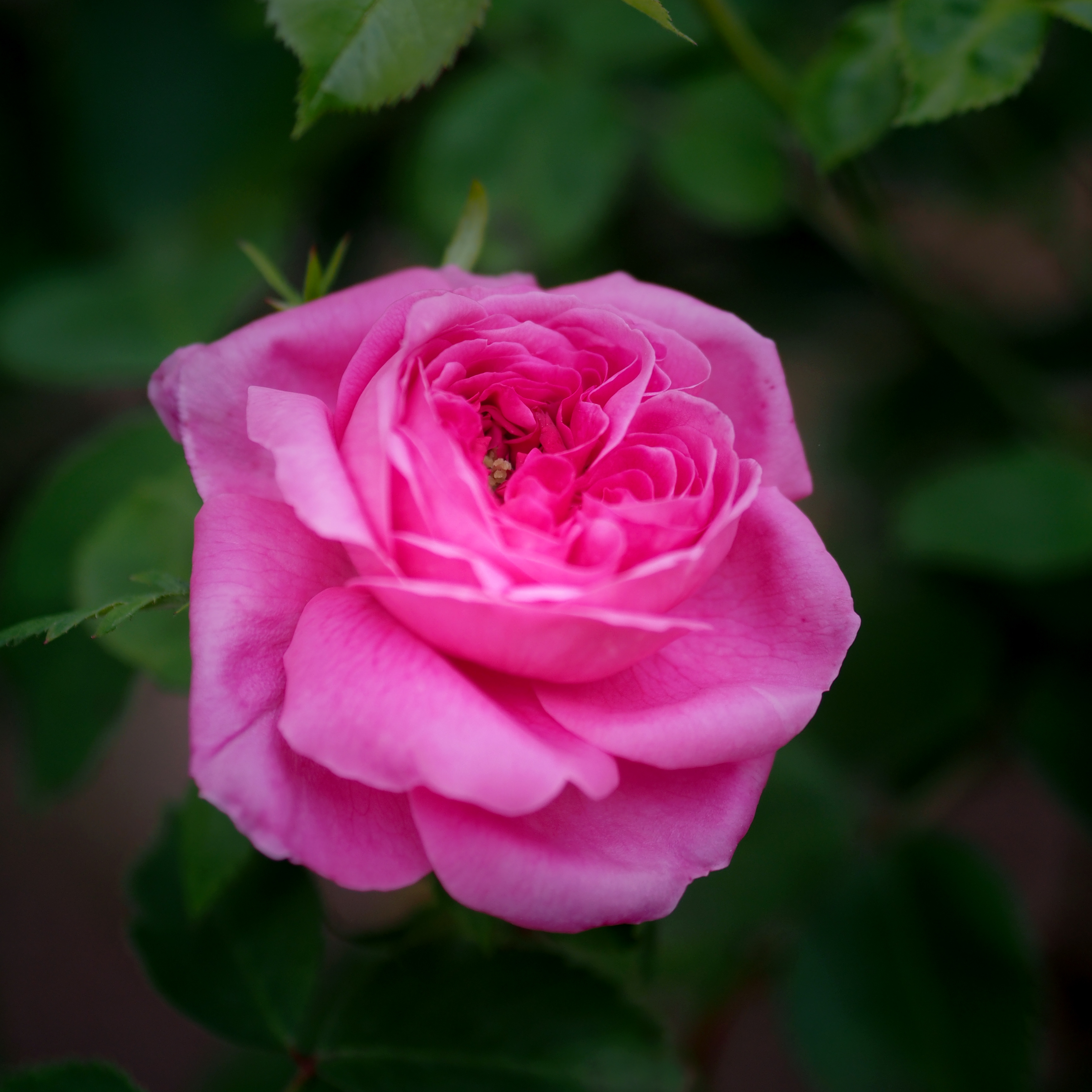
‘Jules Margottin’, Jacques-Julien Margottin, 1853
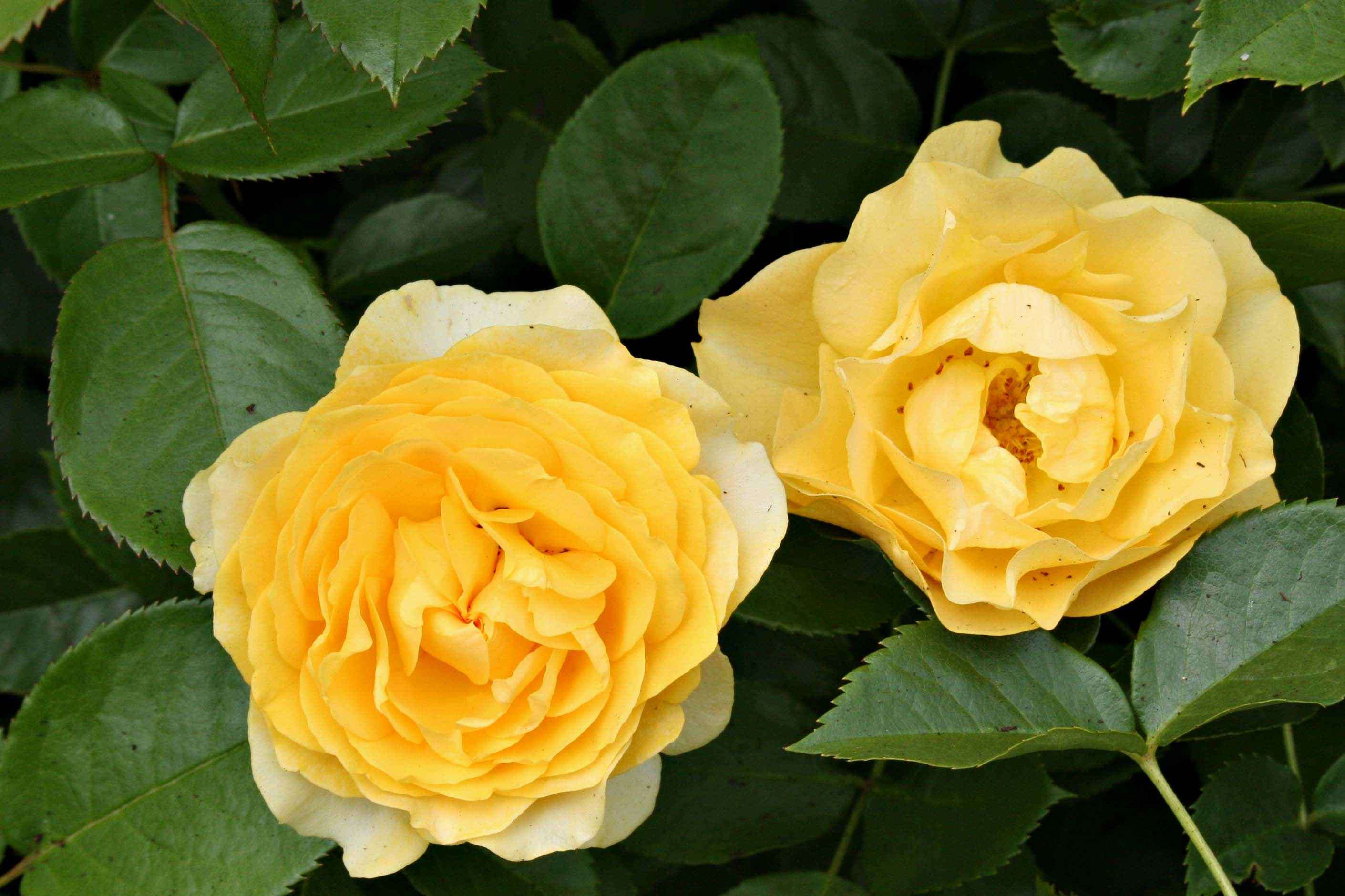
‘Julia Child’, Tom Carruth, 2004
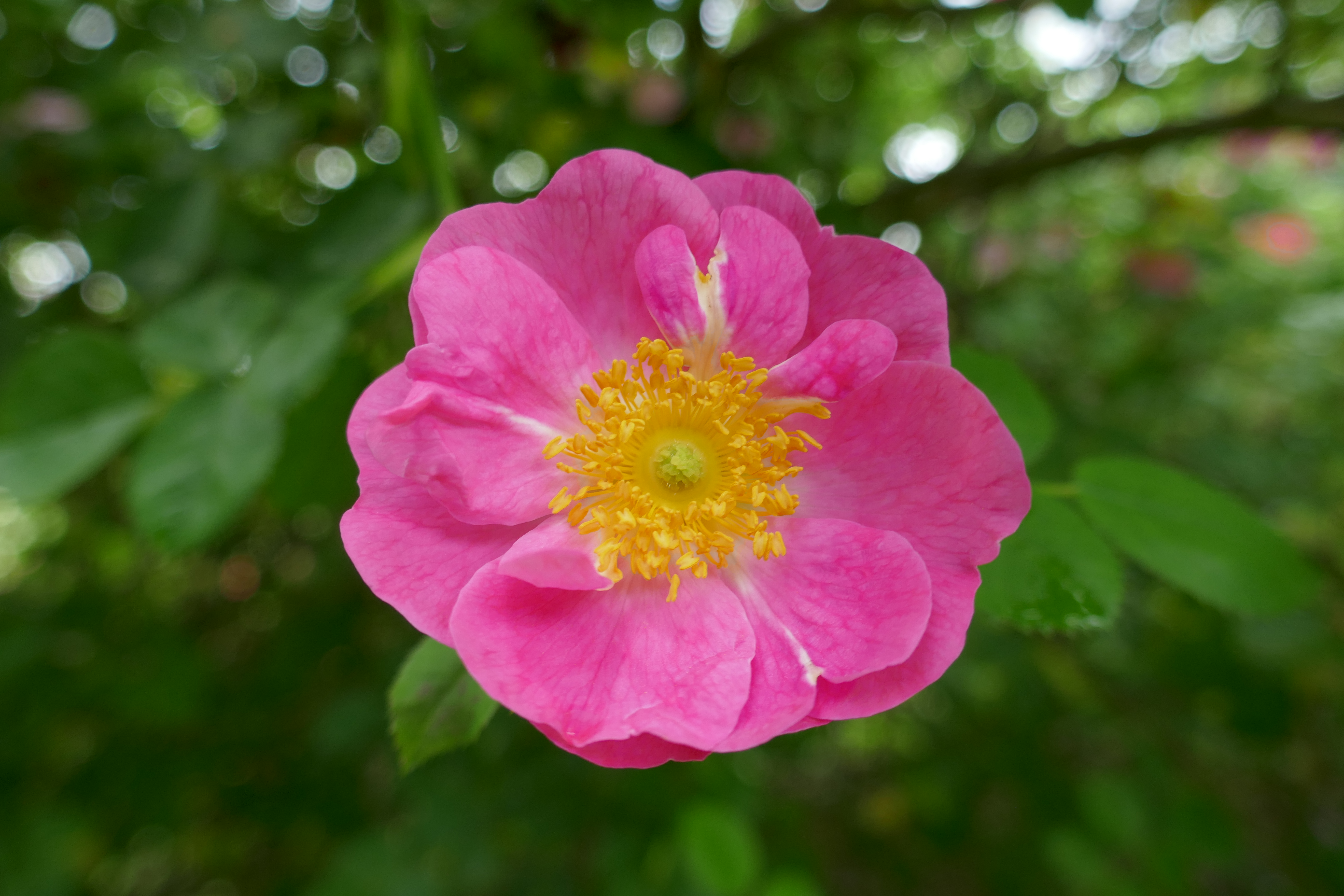
‘Julia Mannering’, Lord Penzance, 1895
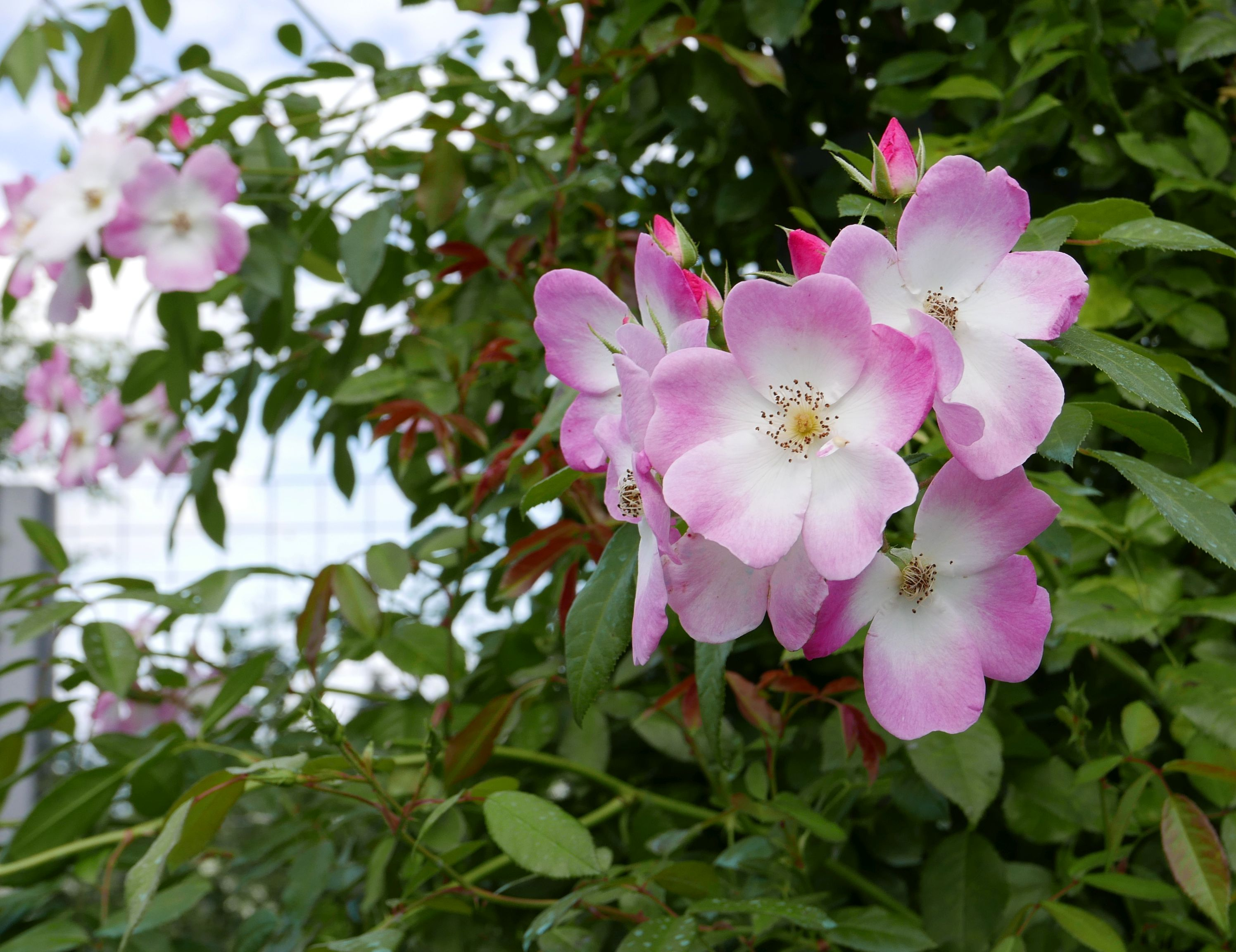
‘Juliana von Stolberg’, Lens, 1999
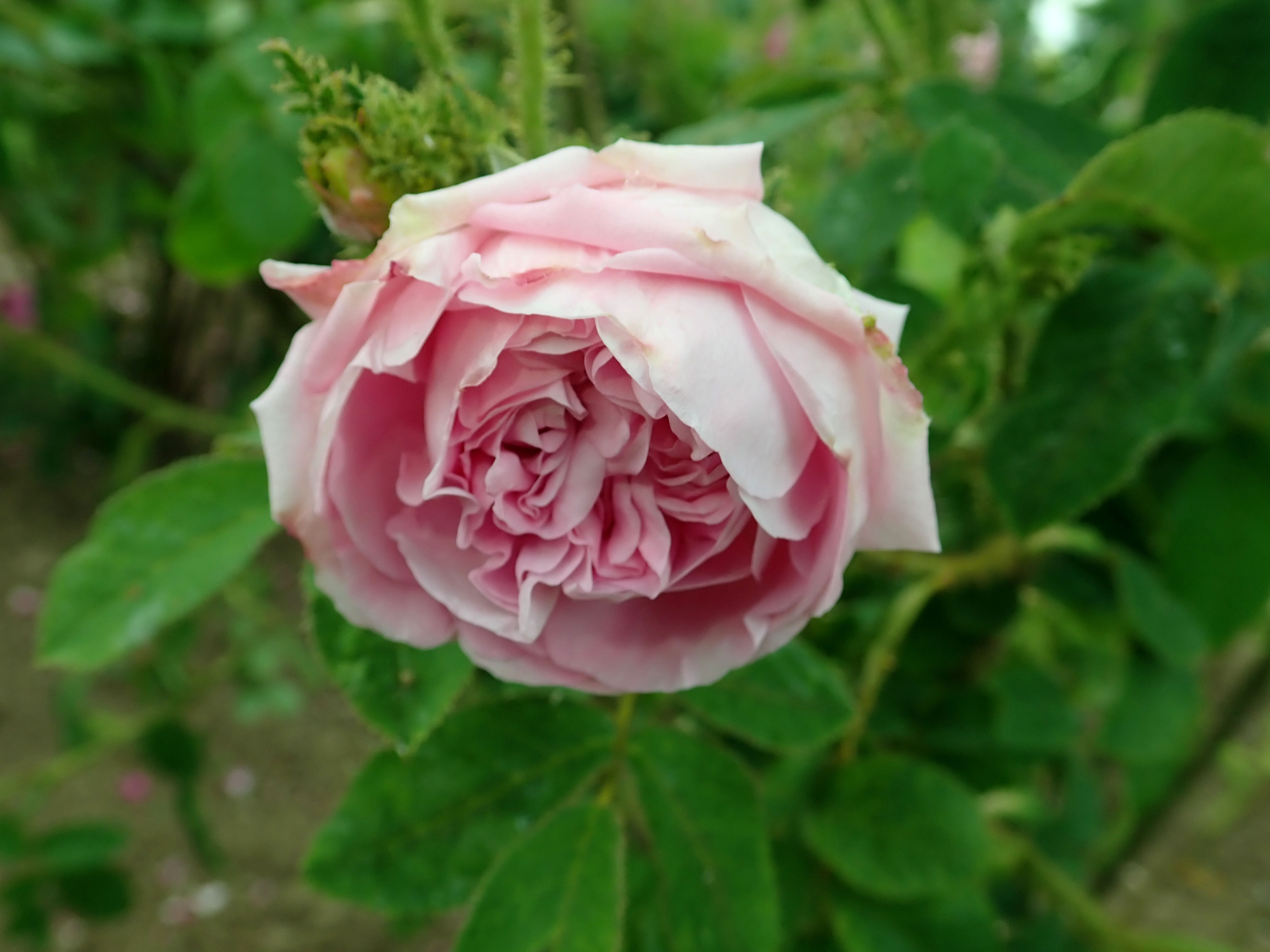
‘Julie de Mersan’, Thomas, 1854
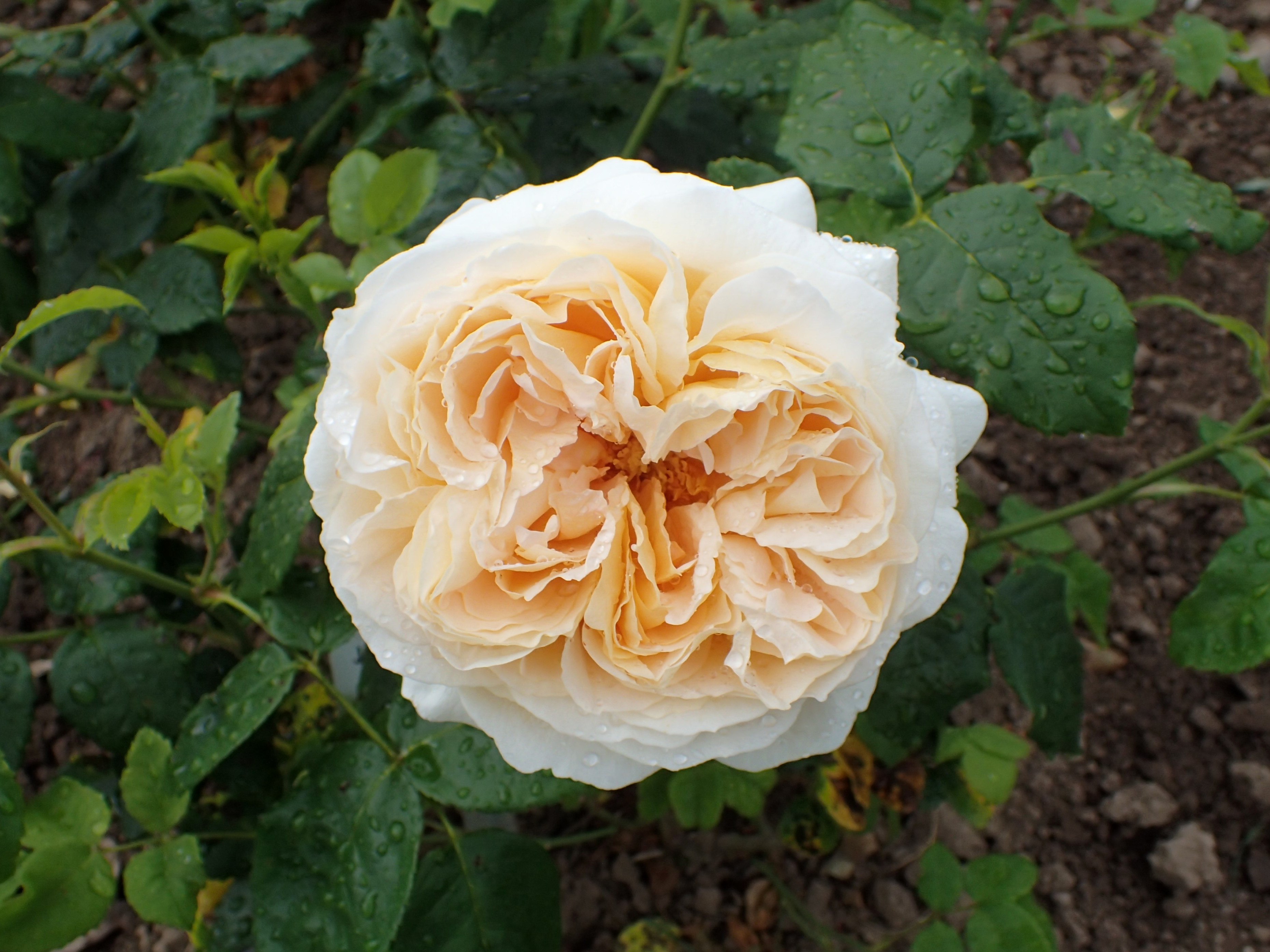
‘Juliette Gréco’, Delbard, 1999
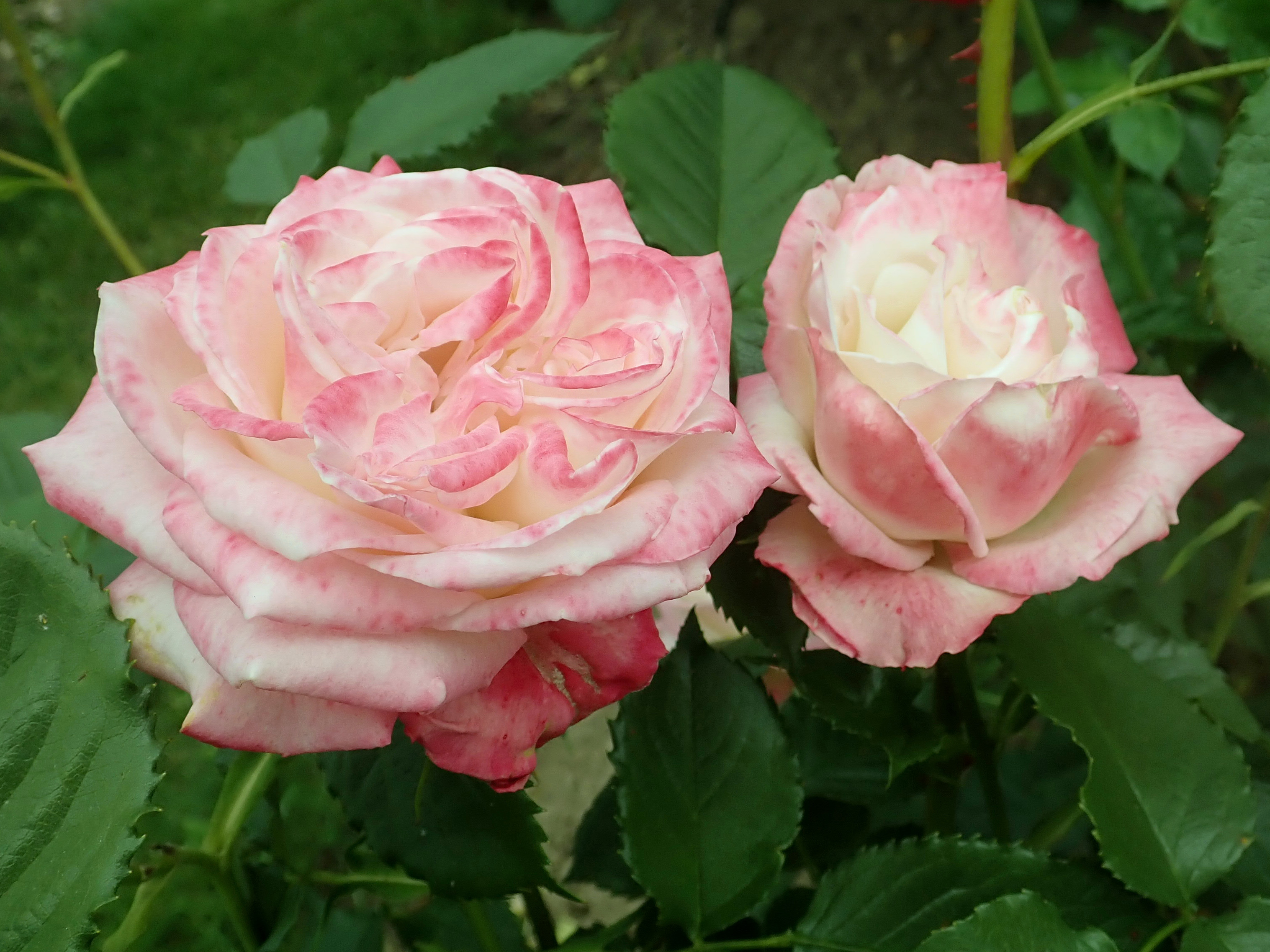
‘Jupiter’, Gudrun Dube/GPG Roter Oktober, 1987

## K

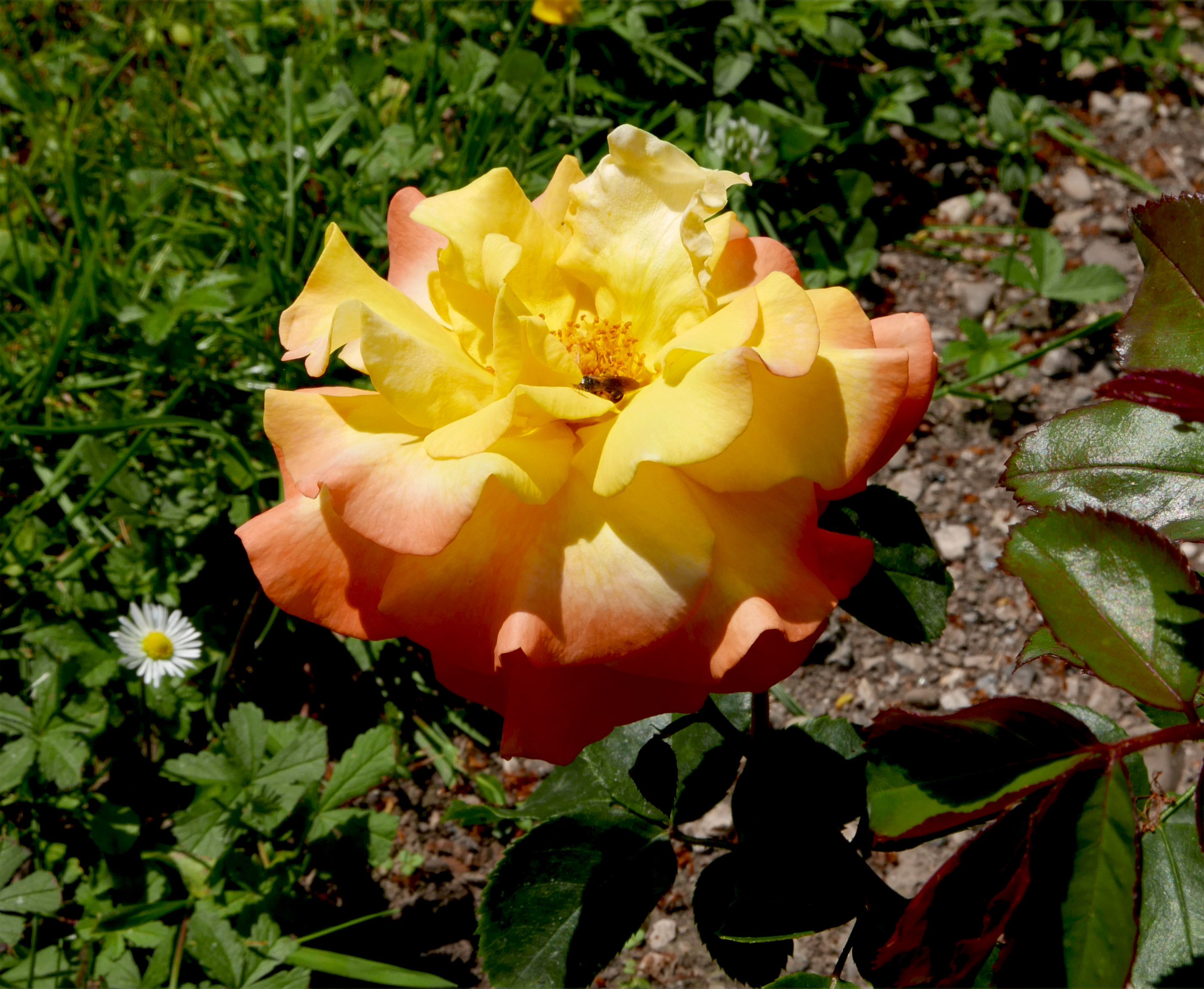
‘Kaiserin Elisabeth’, McGredy, 1998
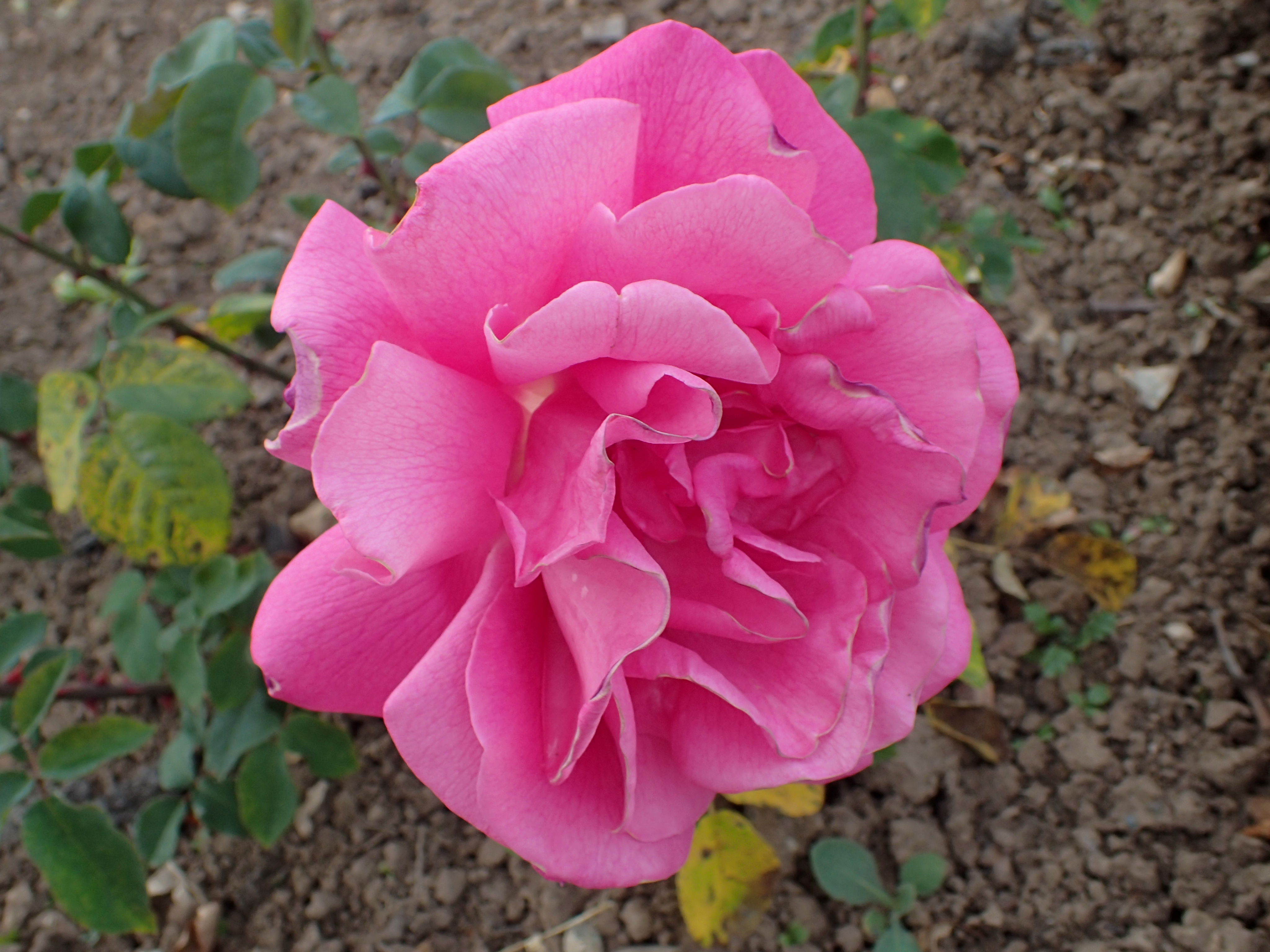
‘Kamelia’, Urban, 1969
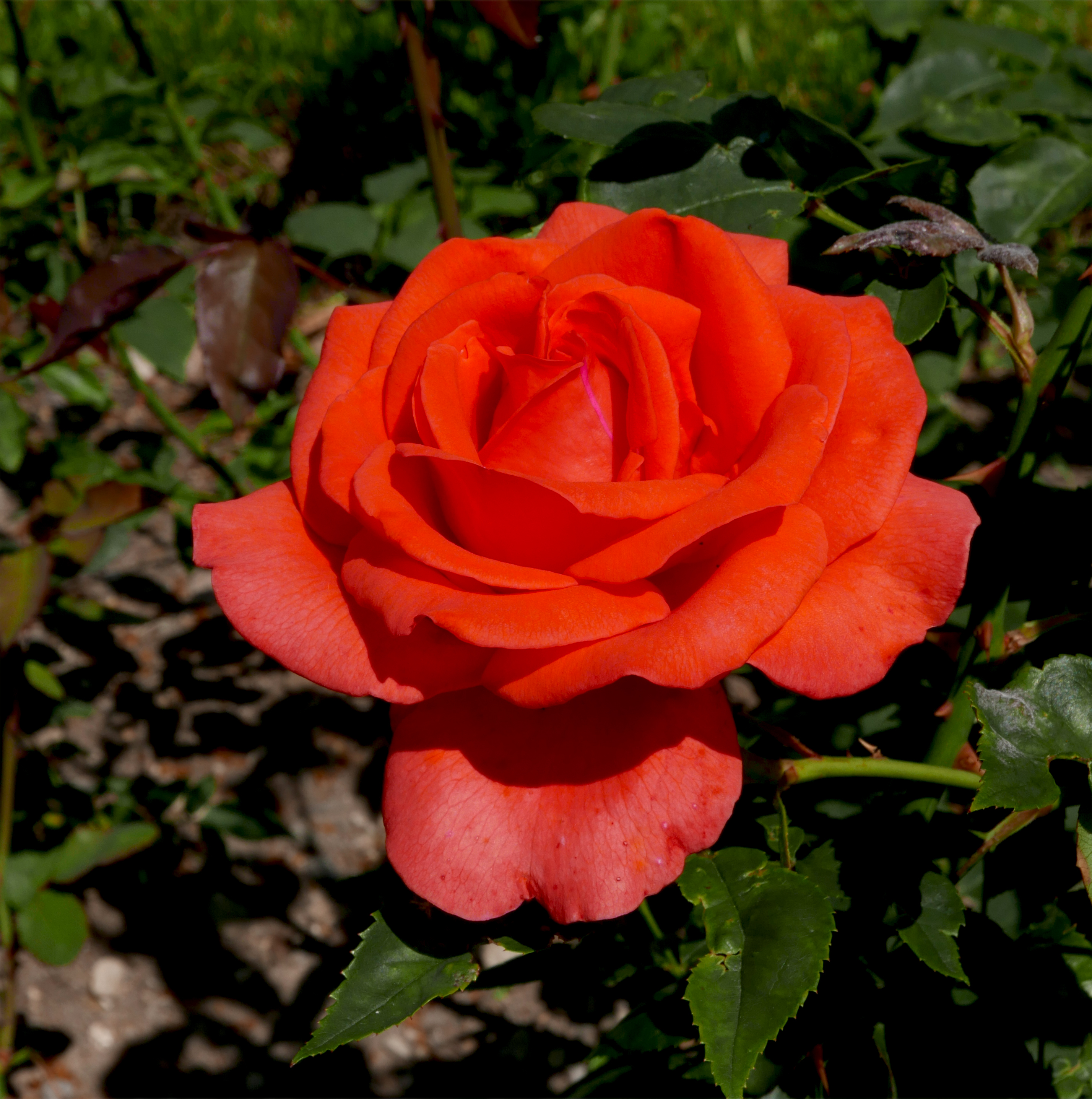
‘Kammersänger Karl Terkal’, Tantau, 1971
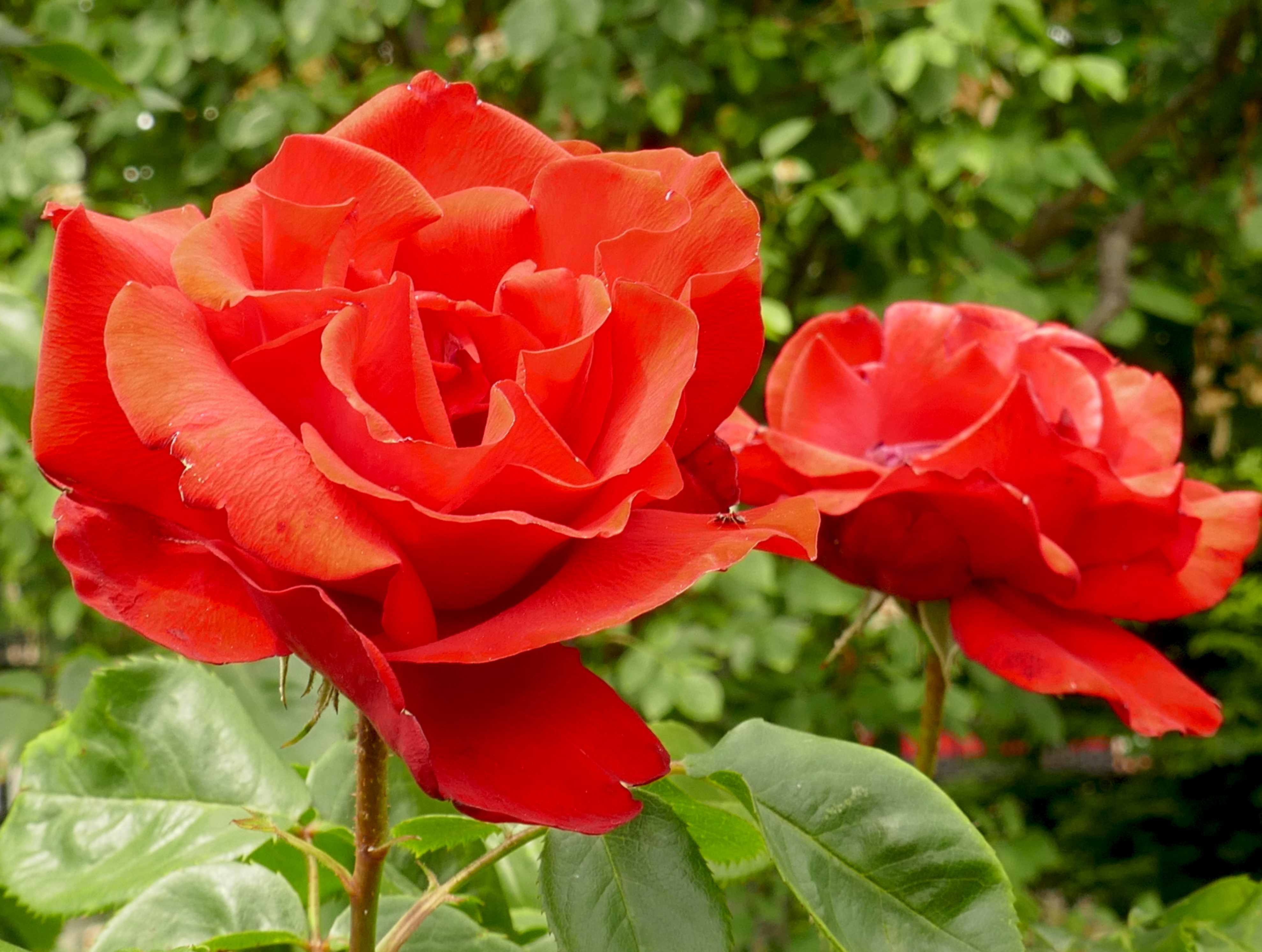
‘Kardinal Dr. Franz König’, Kordes, 1996
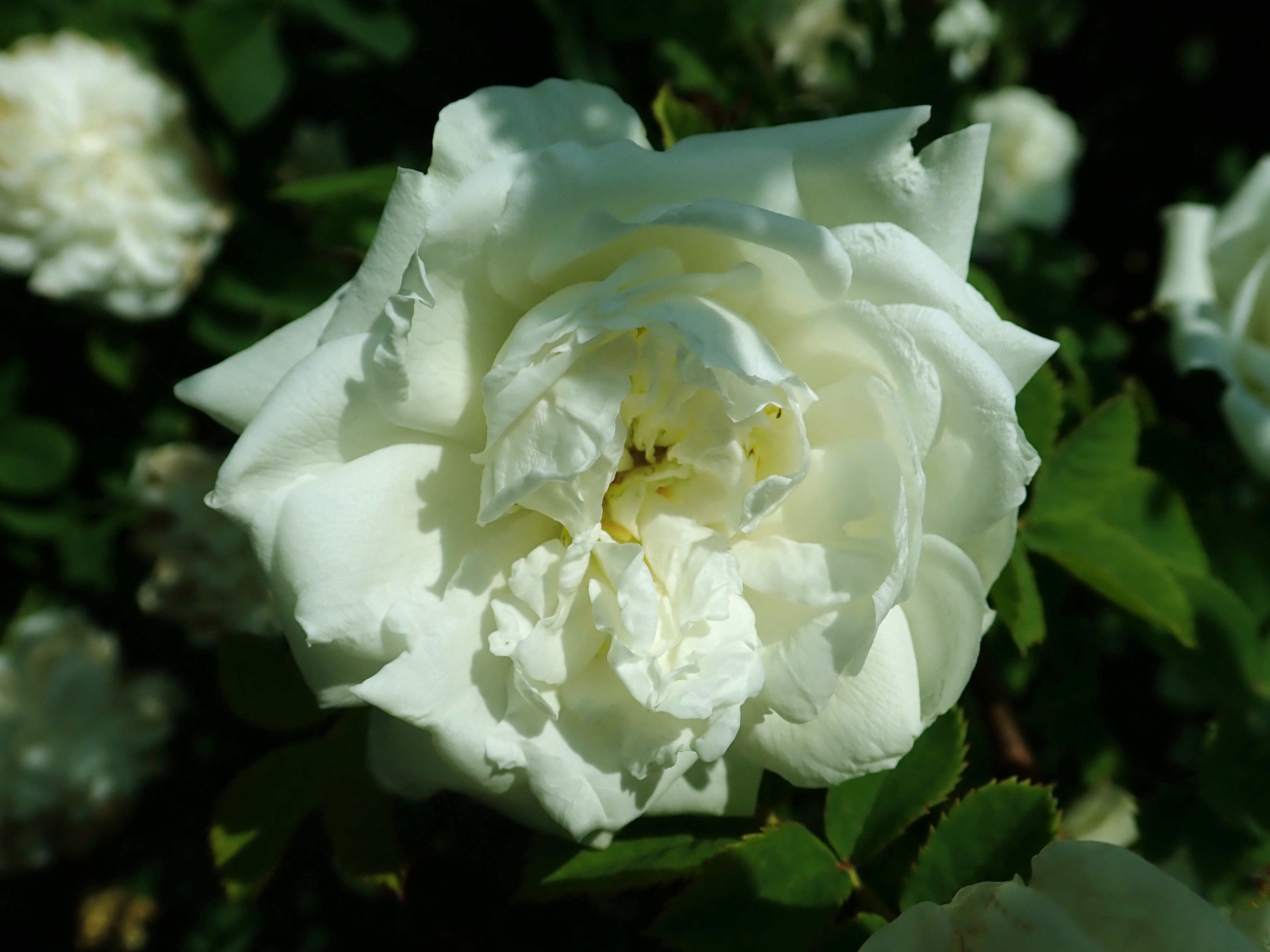
‘Karl Foerster’, Kordes, 1930
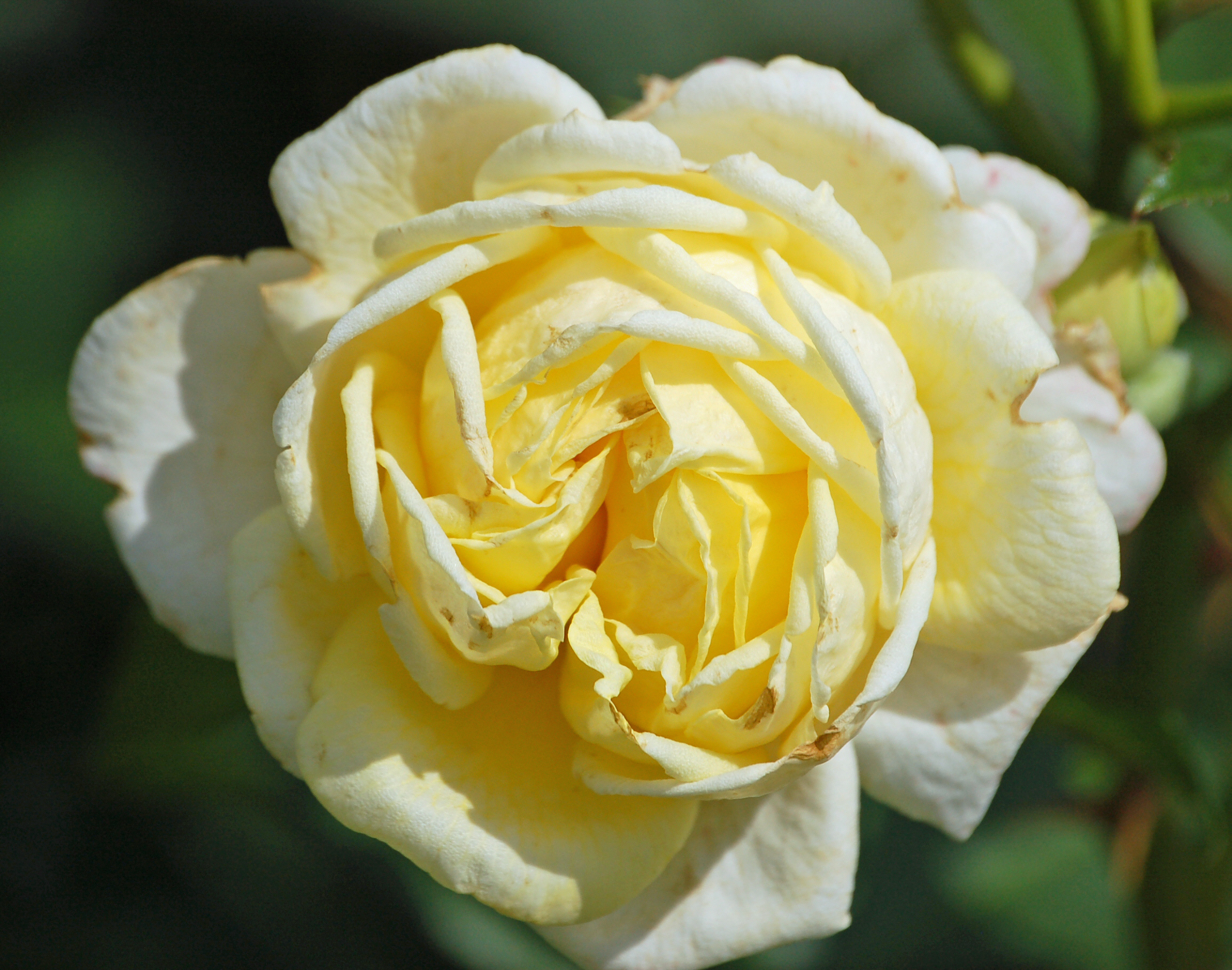
‘Karl-Ploberger-Rose’, Kordes, 2008
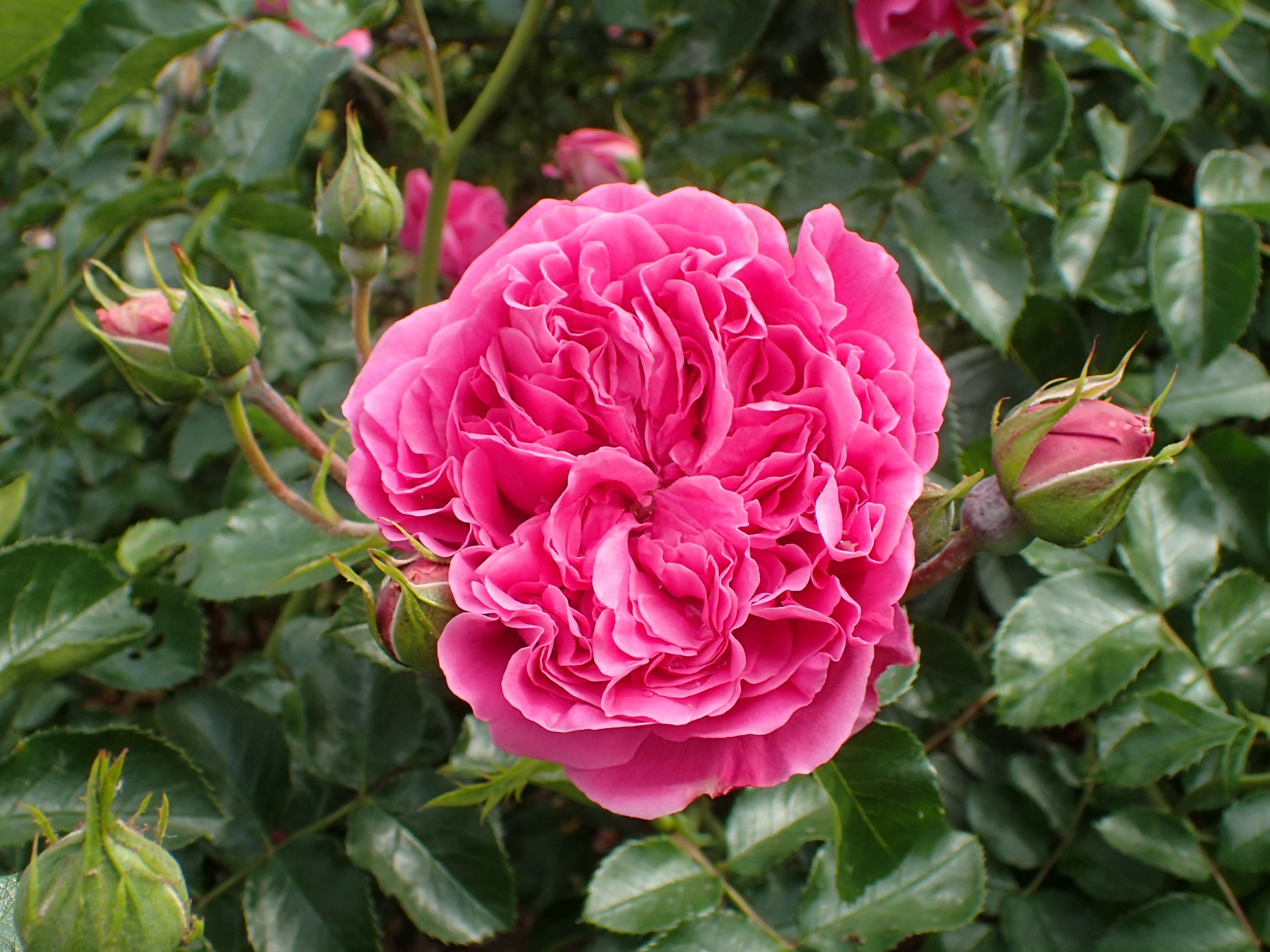
‘Karlsruhe’, Kordes, 1957
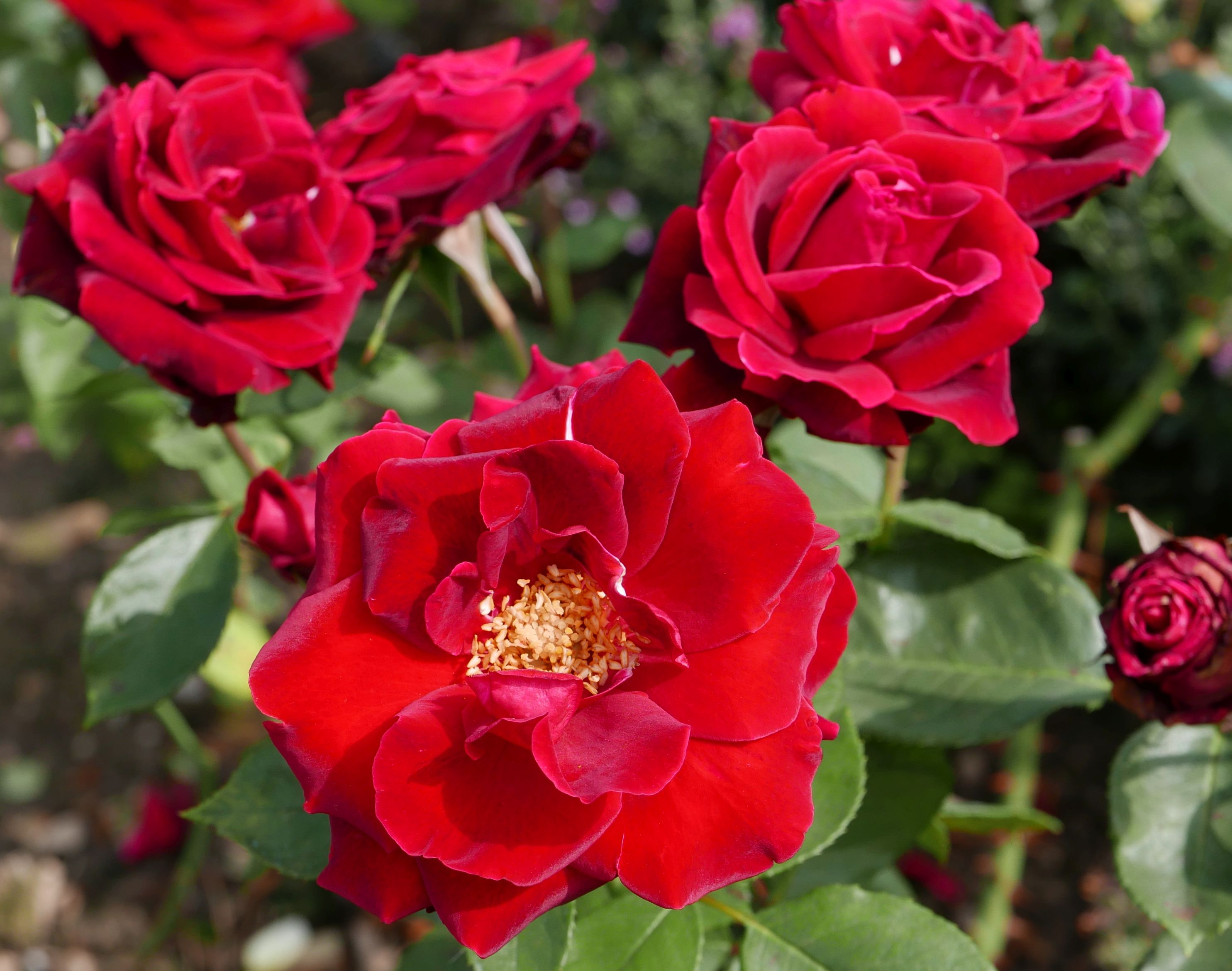
‘Karneol Rose’, Radke, 1964
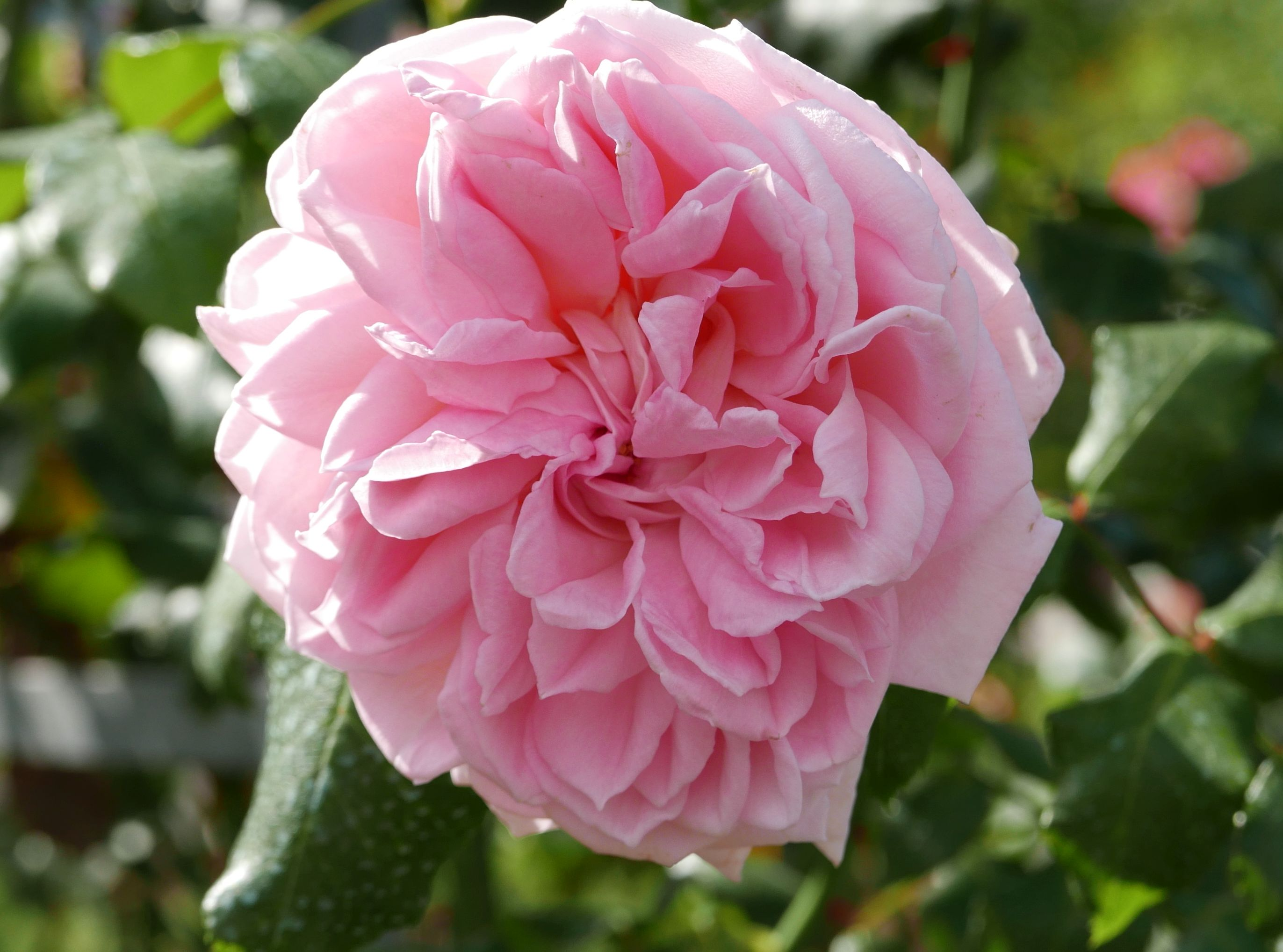
‘Katharina von Bora’, Schultheis, 2006
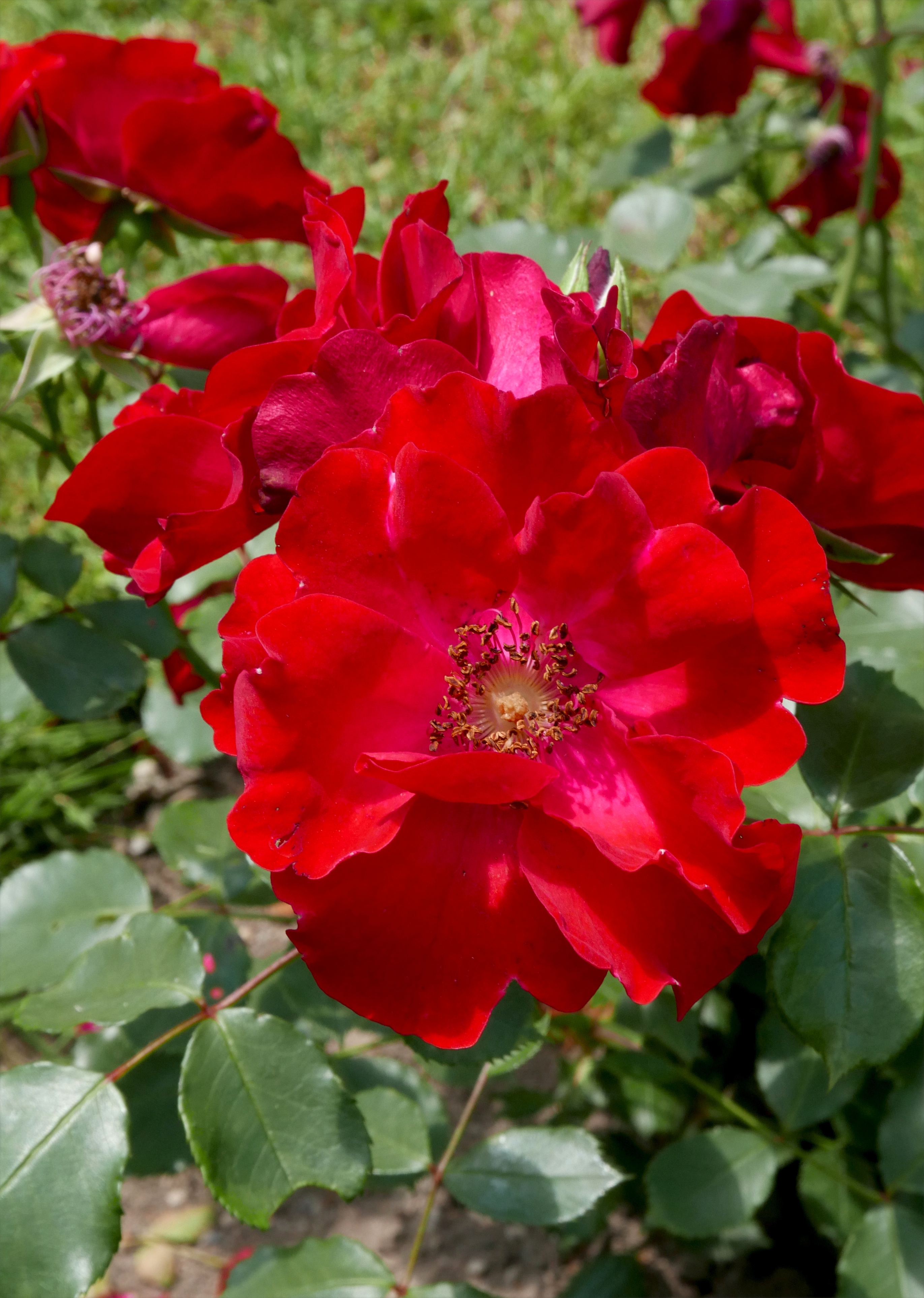
‘Käthe Duvigneau’, Tantau, 1942
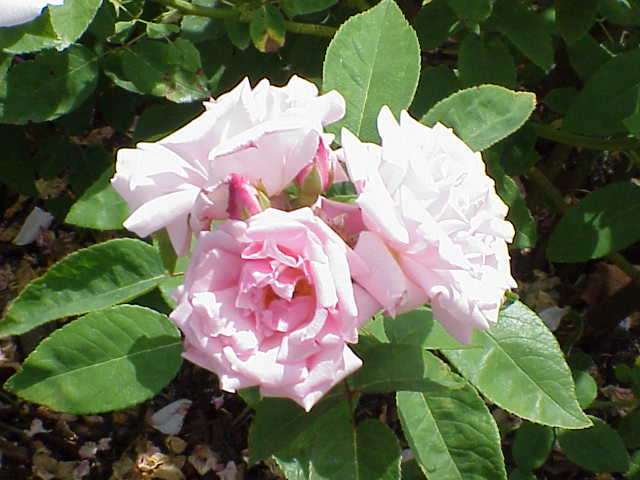
‘Kathleen Harrop’, Dickson, 1919
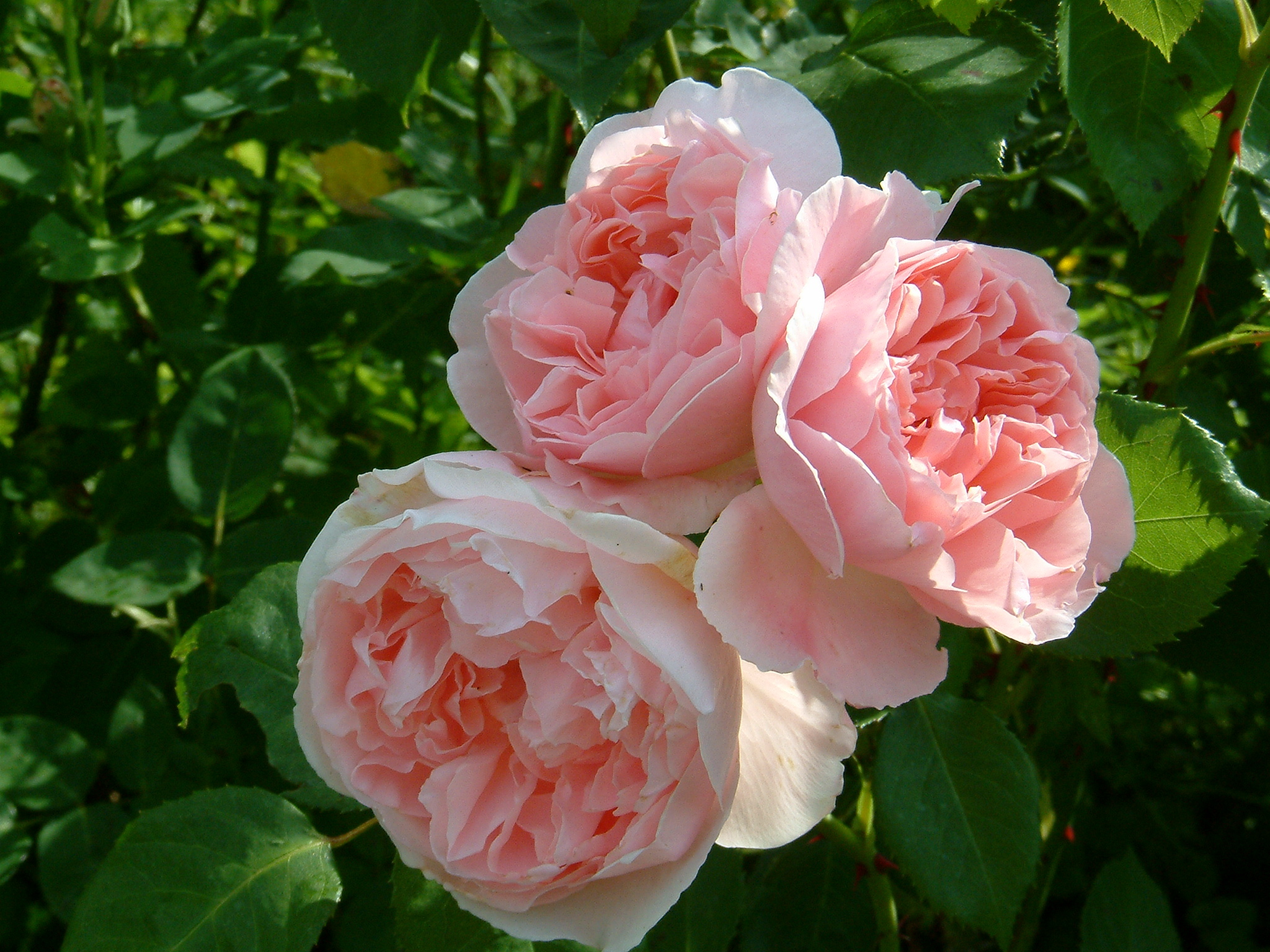
‘Kathryn Morley’, David Austin, 1990
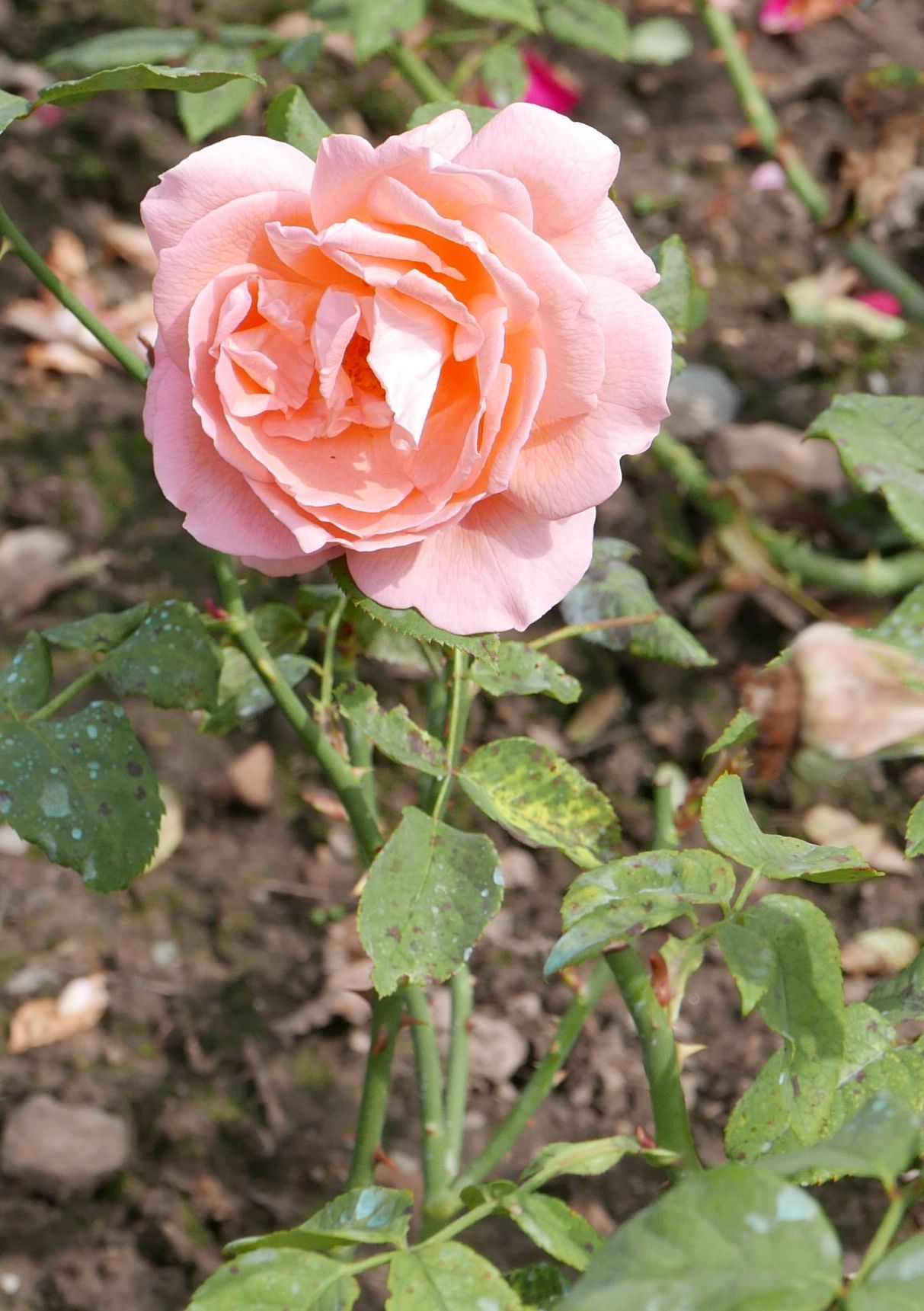
‘Katrin’, Anni Berger, 1972
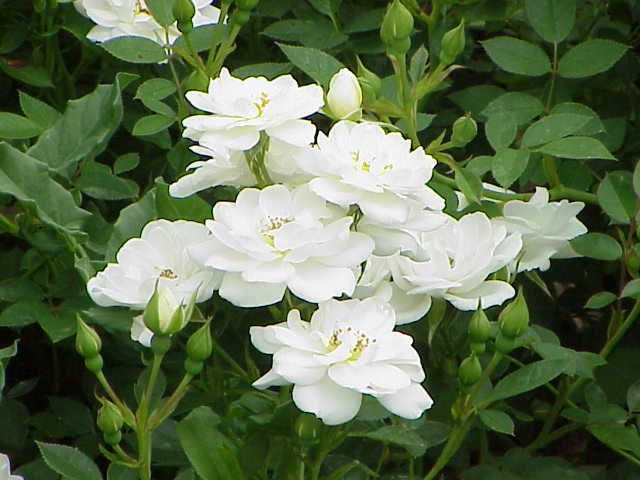
‘Kent’, Poulsen, 1991
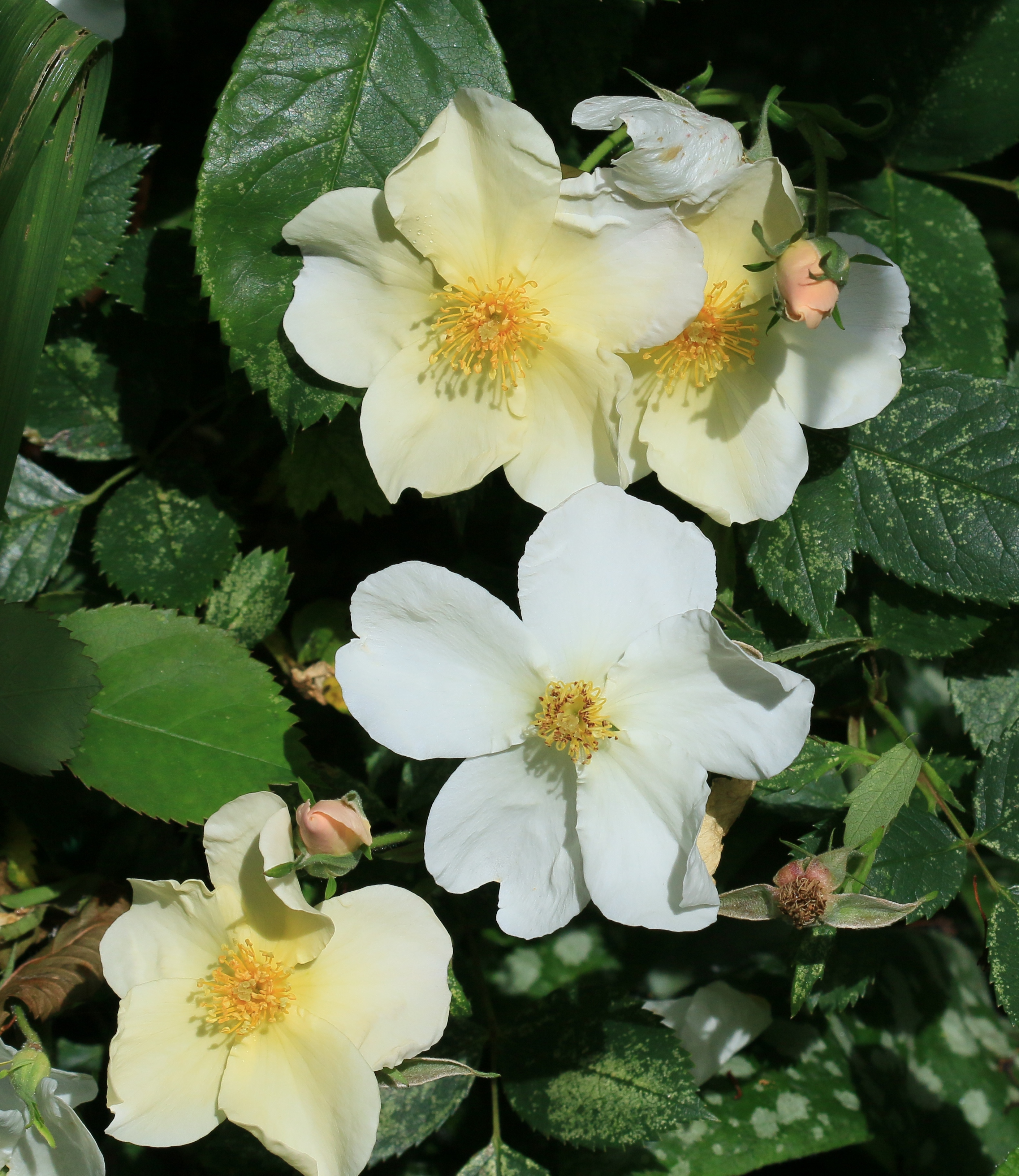
‘Kew Gardens’, David Austin, vor 2008
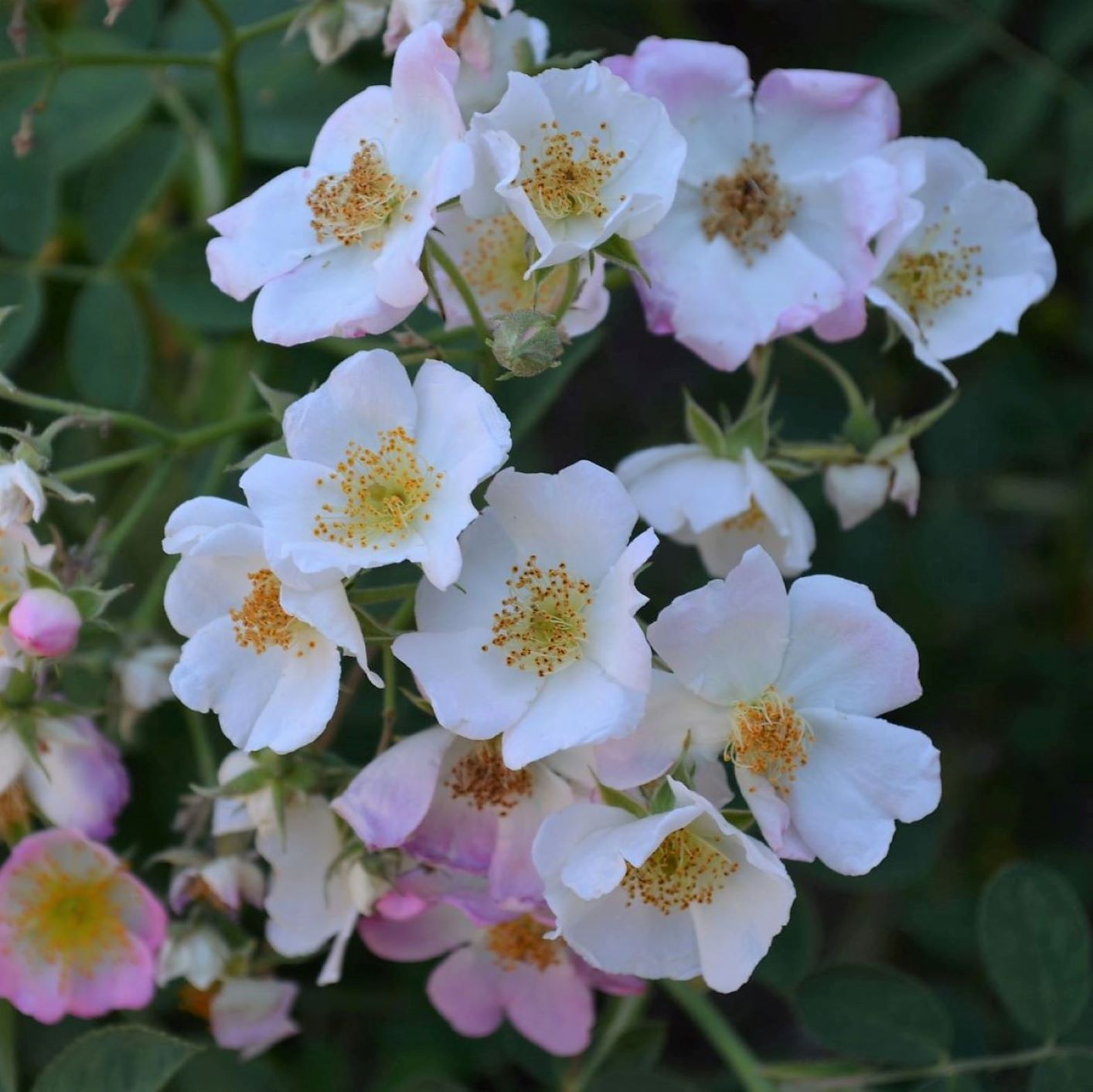
‘Kew Rambler’, ? , 1912
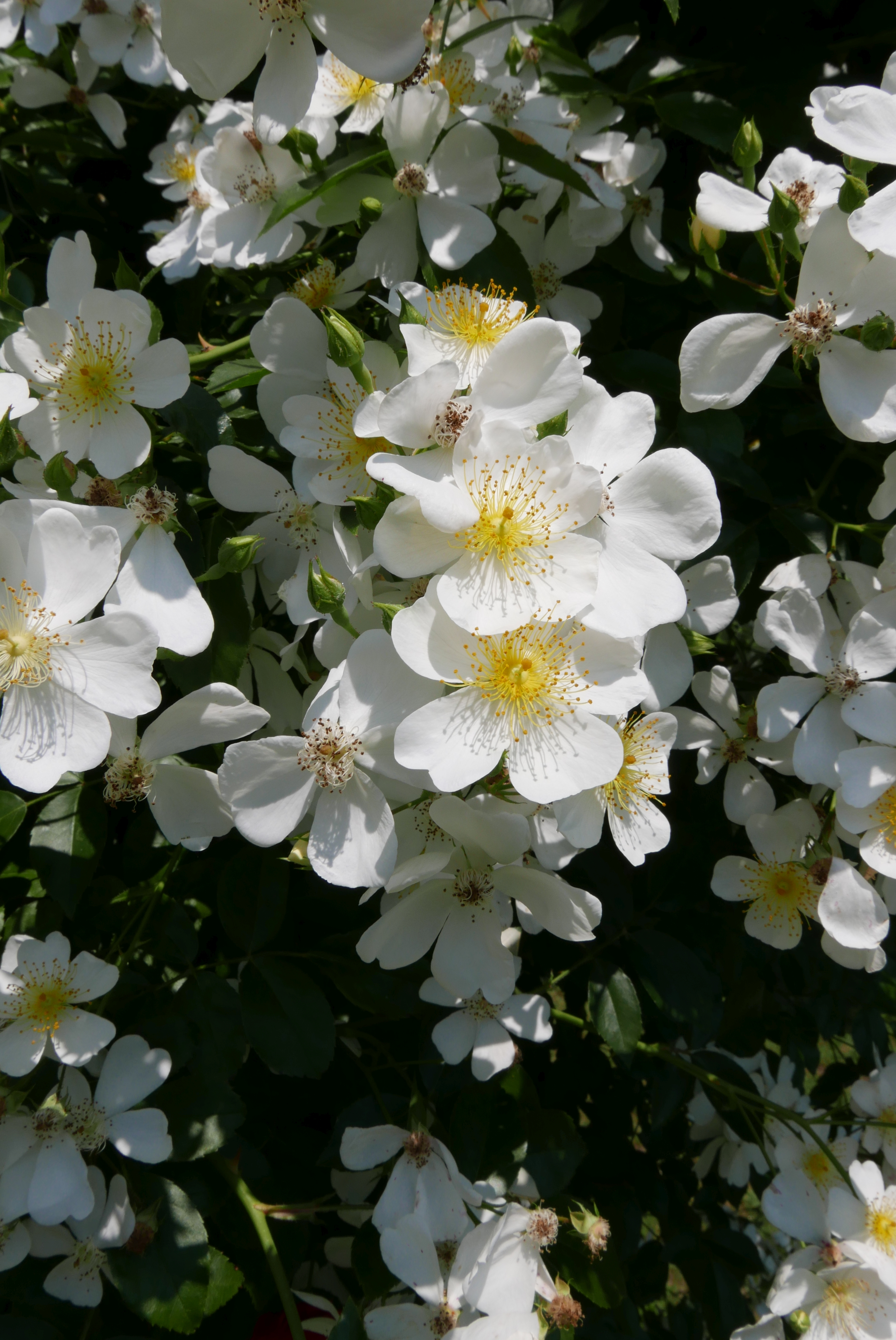
‘Kiftsgate’, Hilda Murrell, 1954
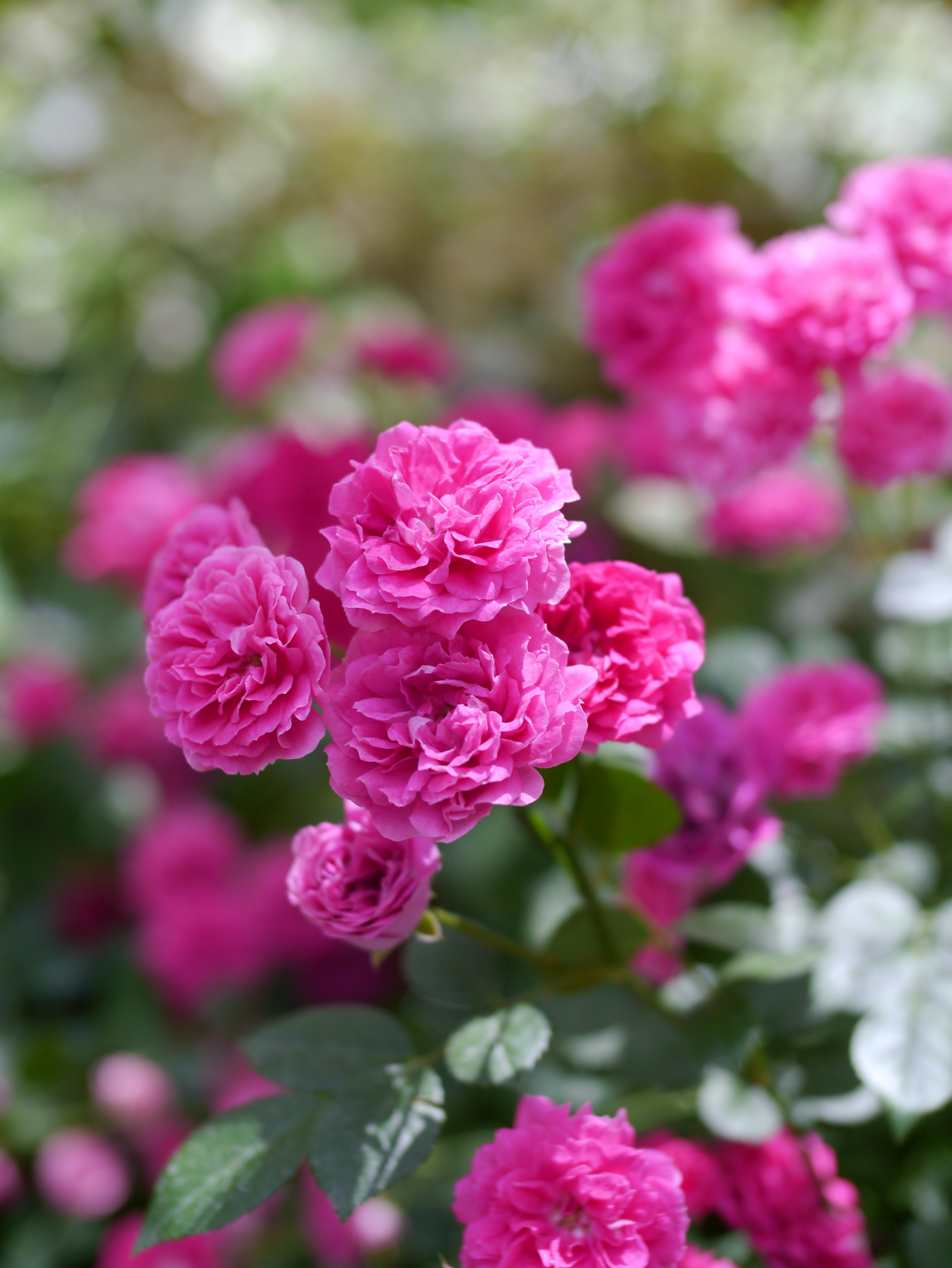
‘King Rose’, unbekannt
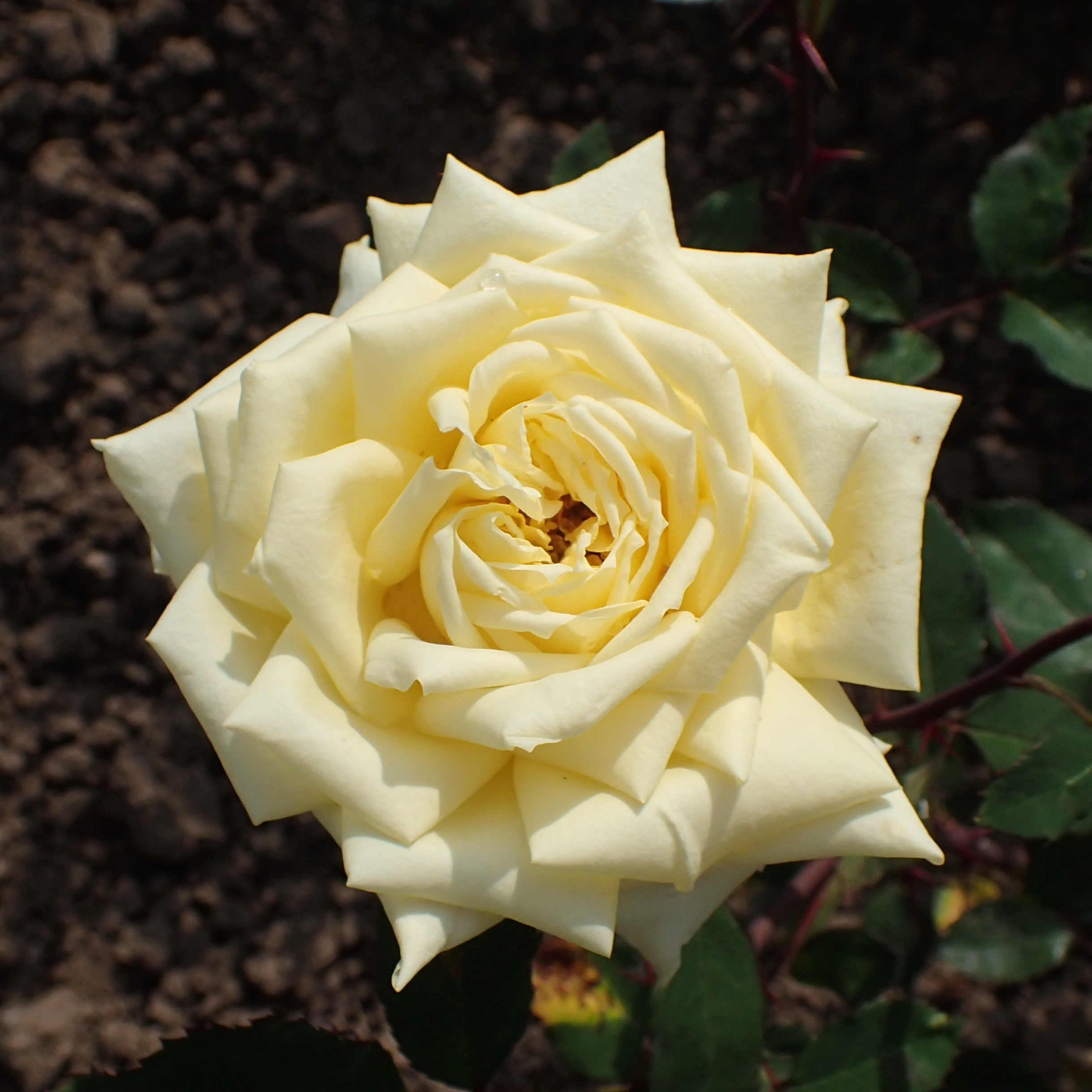
‘King Boreas’, Brownell Family, 1941
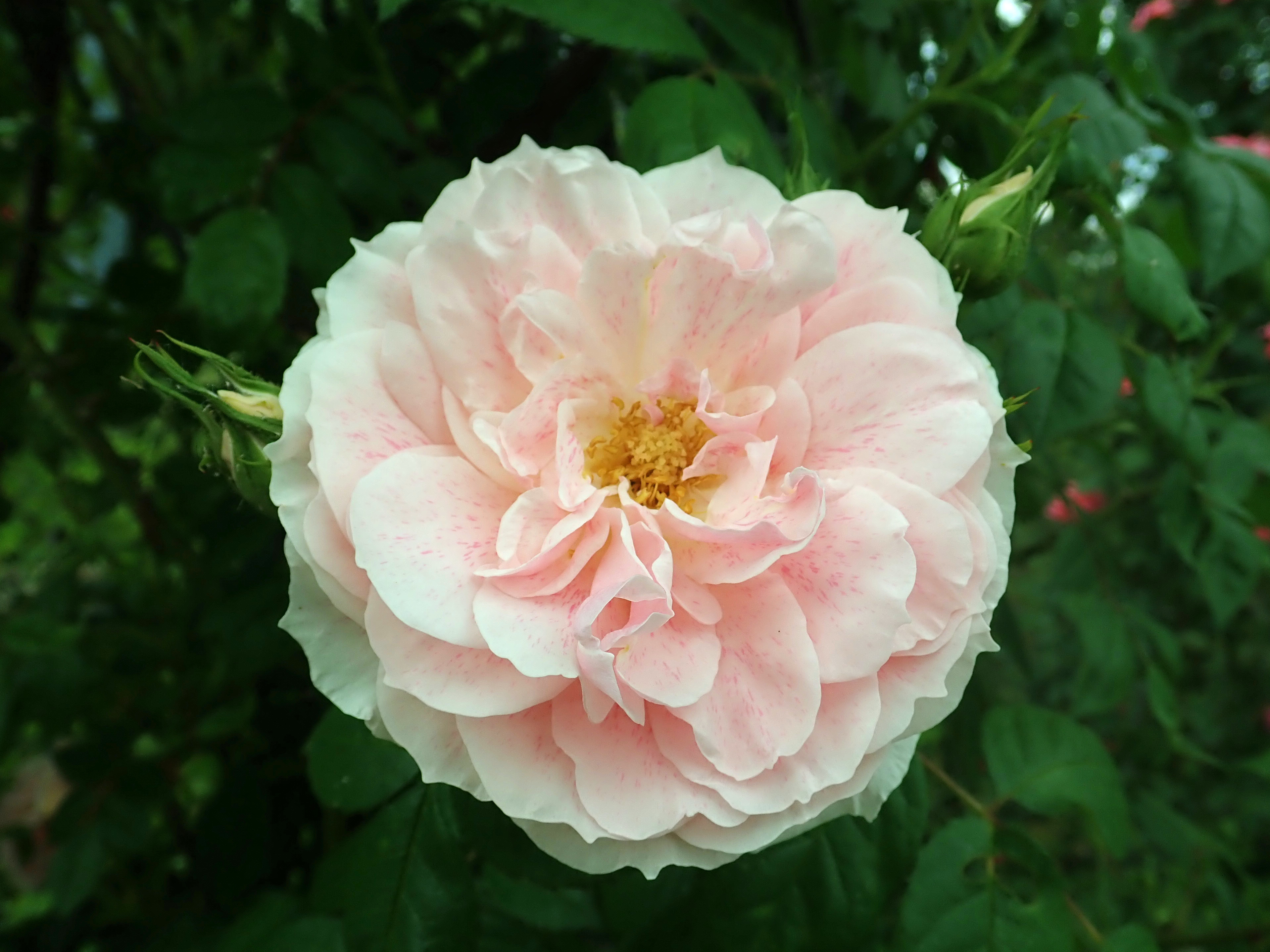
‘Kir Royal’, Meilland, 1995
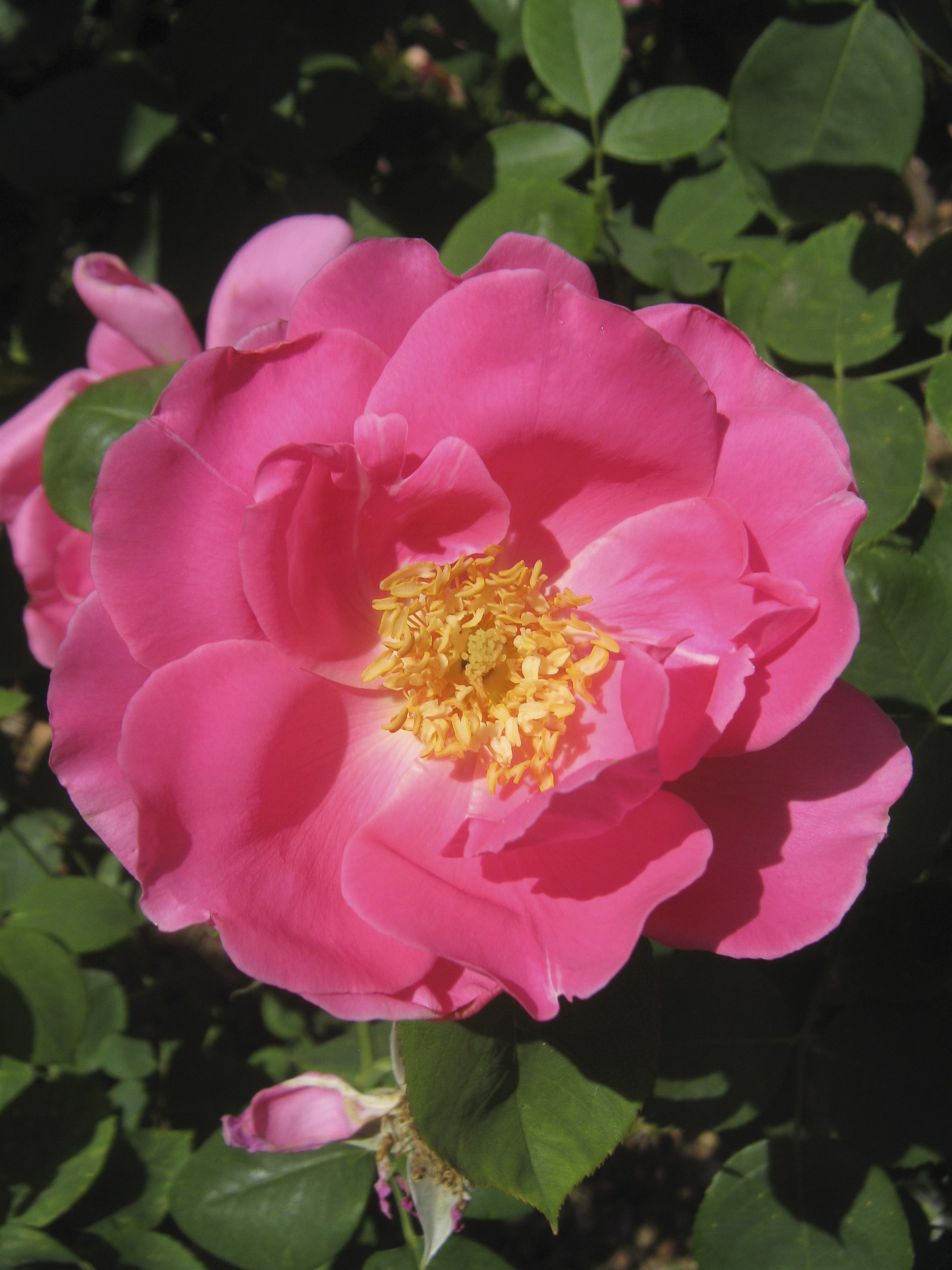
‘Kitty Kininmonth’, Alister Clark, 1922
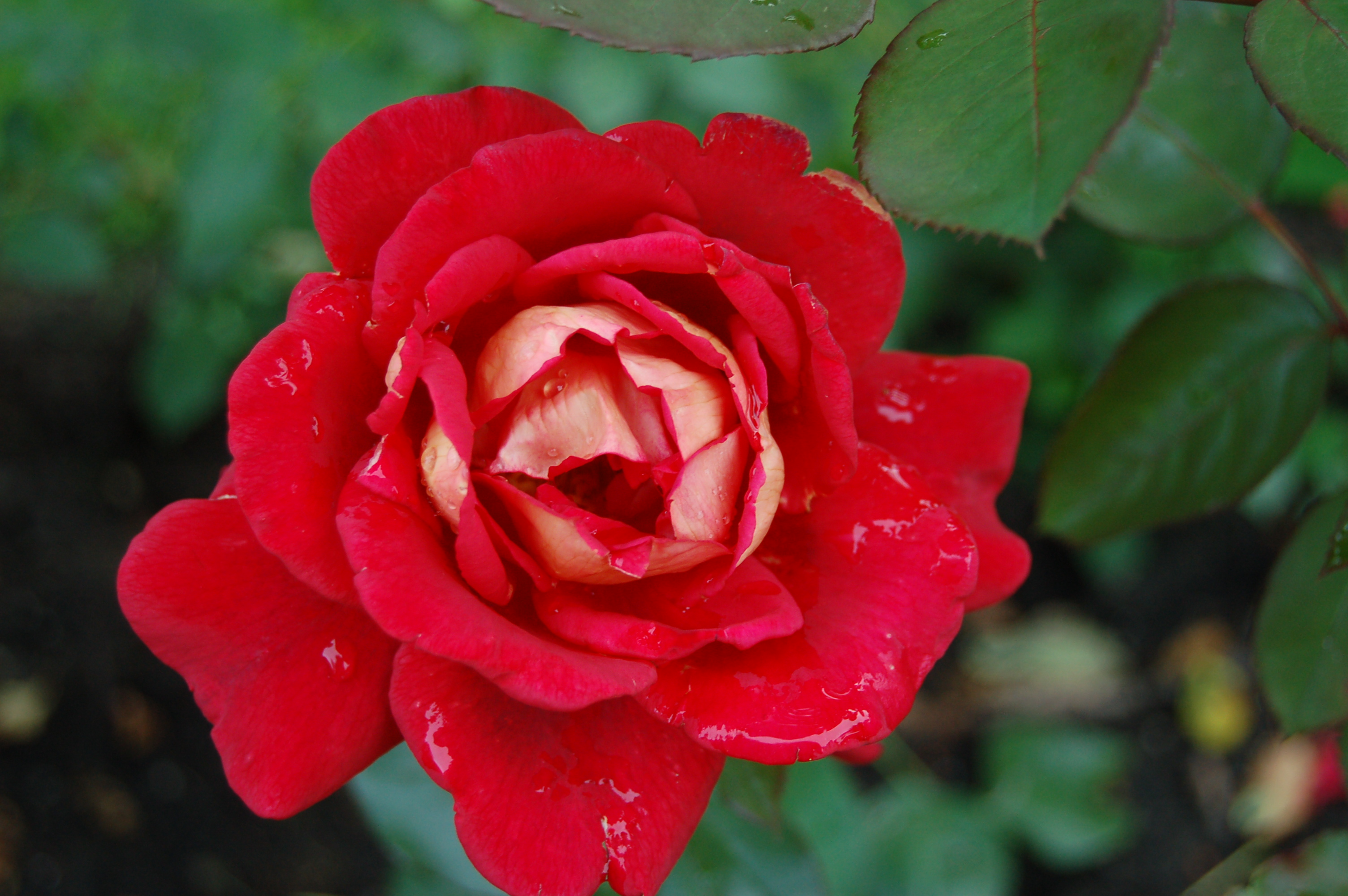
‘Kleopatra’, Kordes, 1994
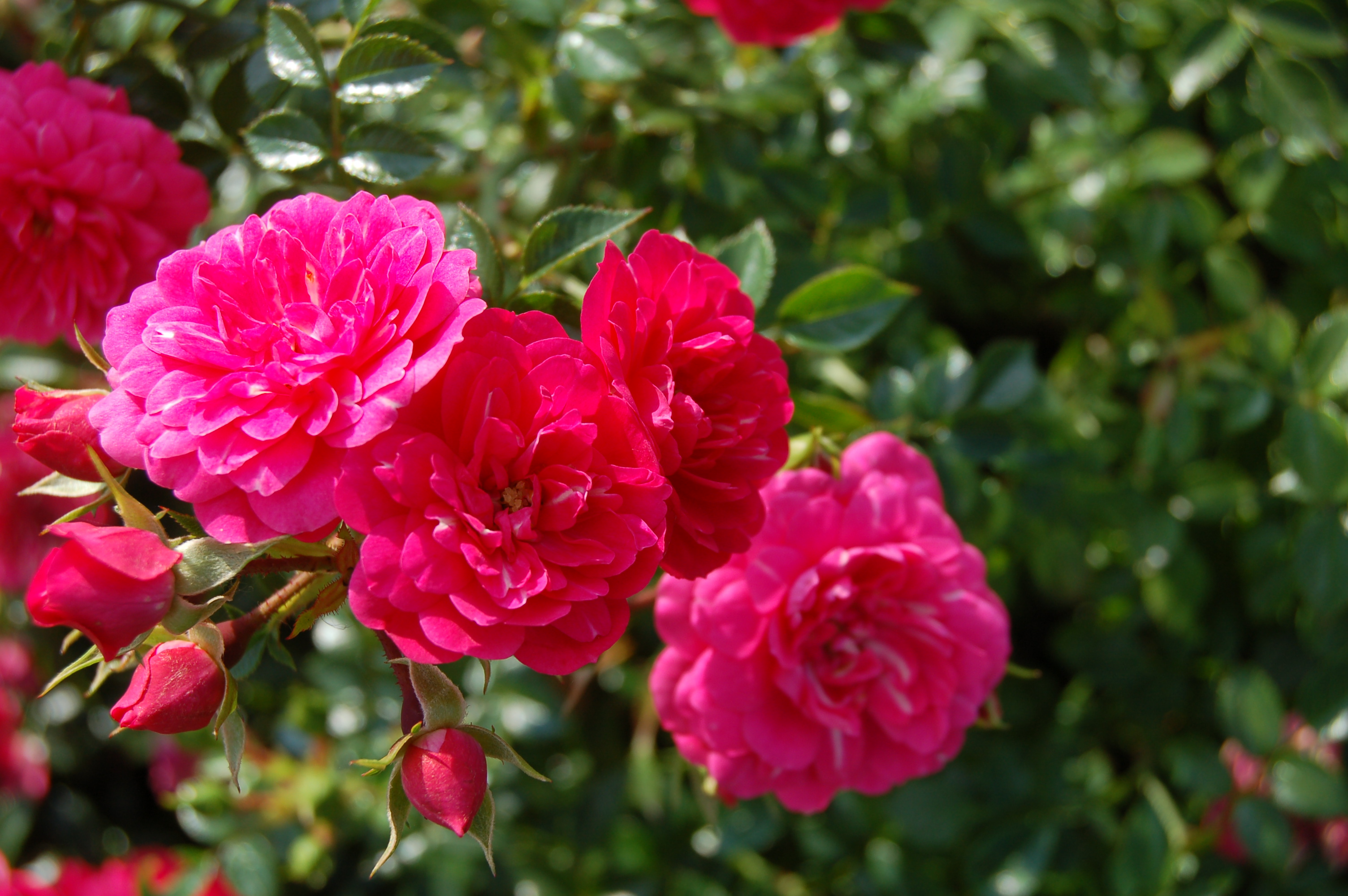
‘Knirps’, Kordes, 1997
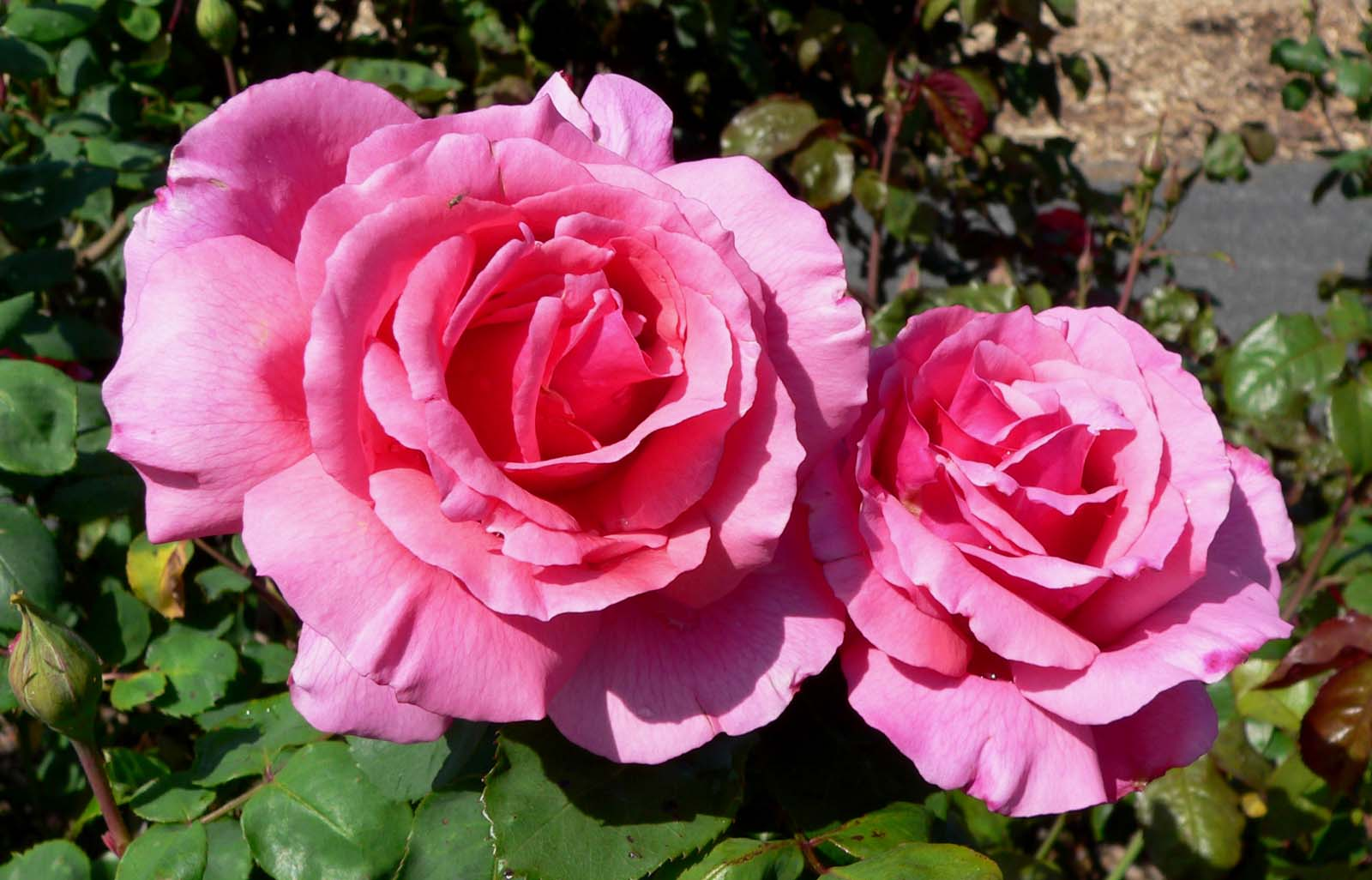
‘Kolkhoznitsa’, Bezshchetnova, 1957
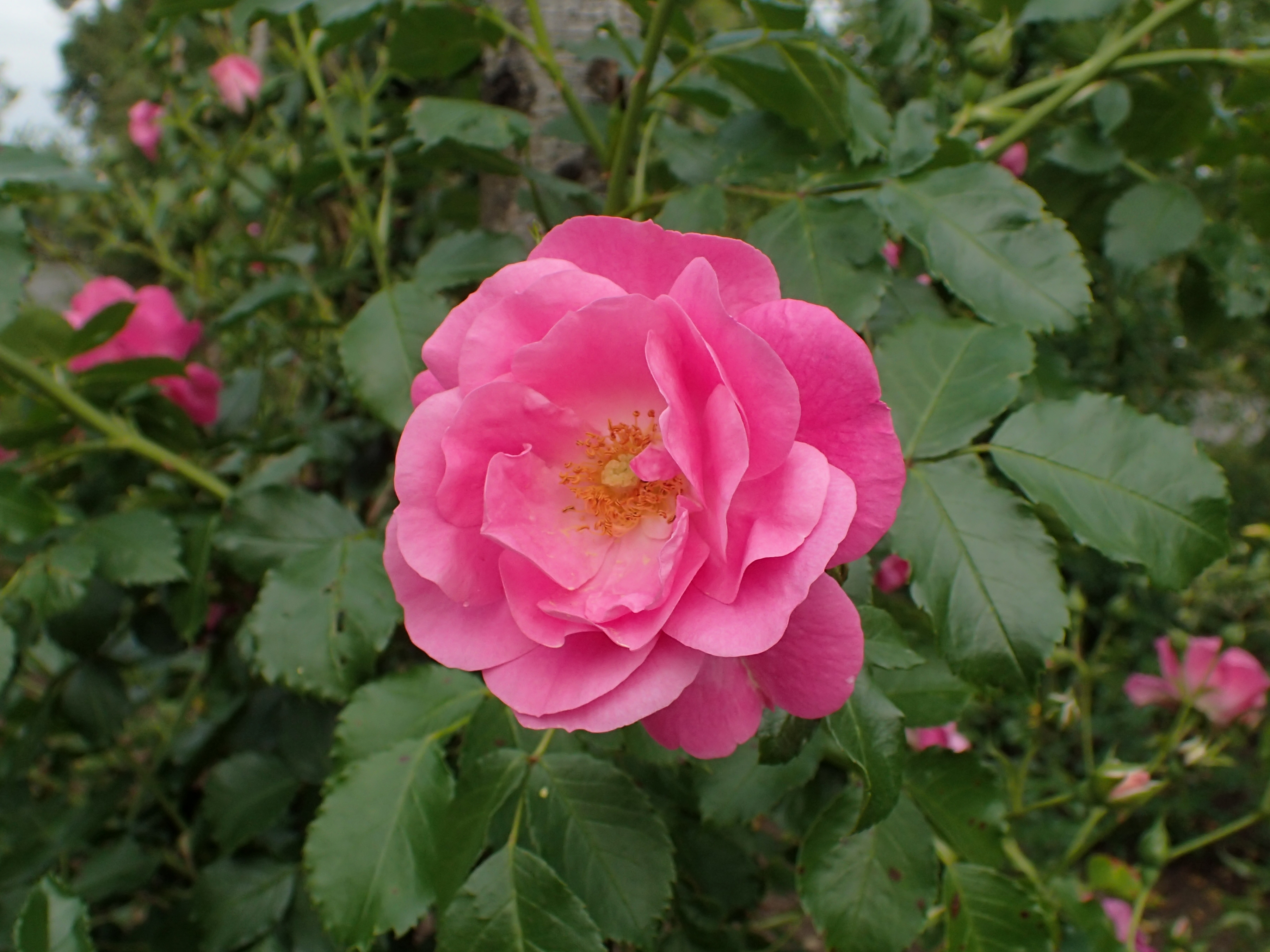
‘Köln am Rhein’, Kordes, 1956
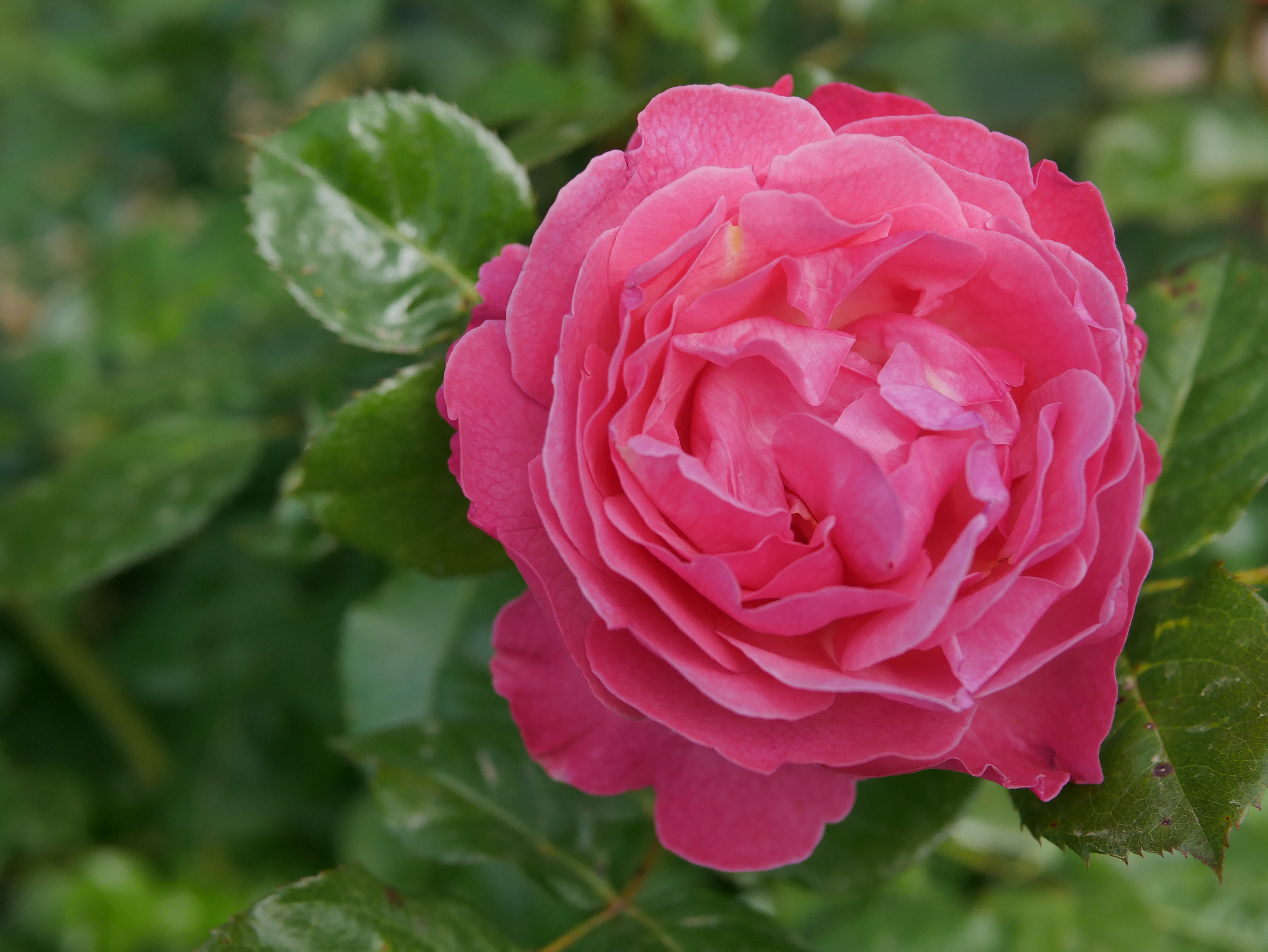
‘Kölner Flora’, Kordes, 2014
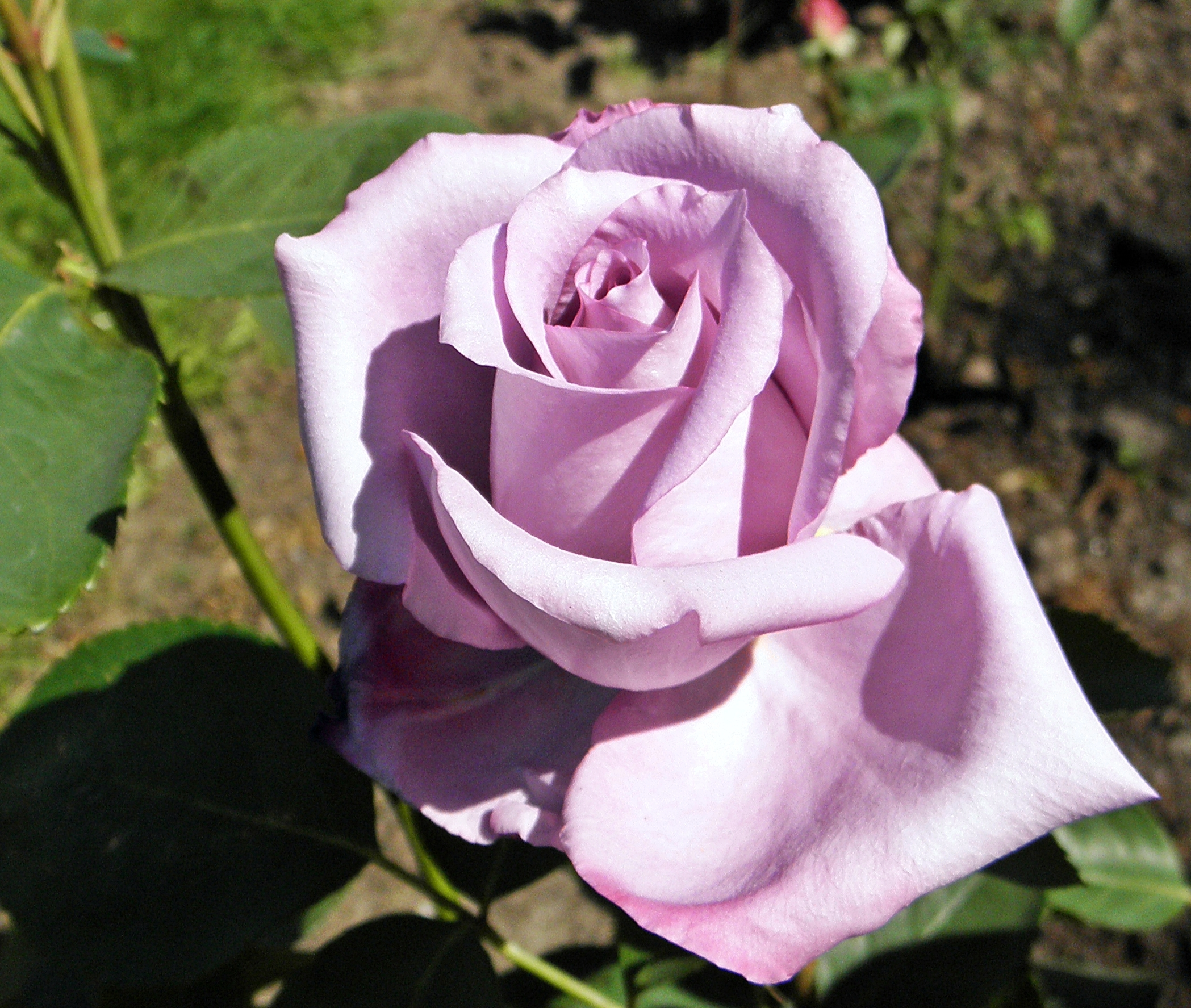
‘Kölner Karneval’, Kordes, 1994
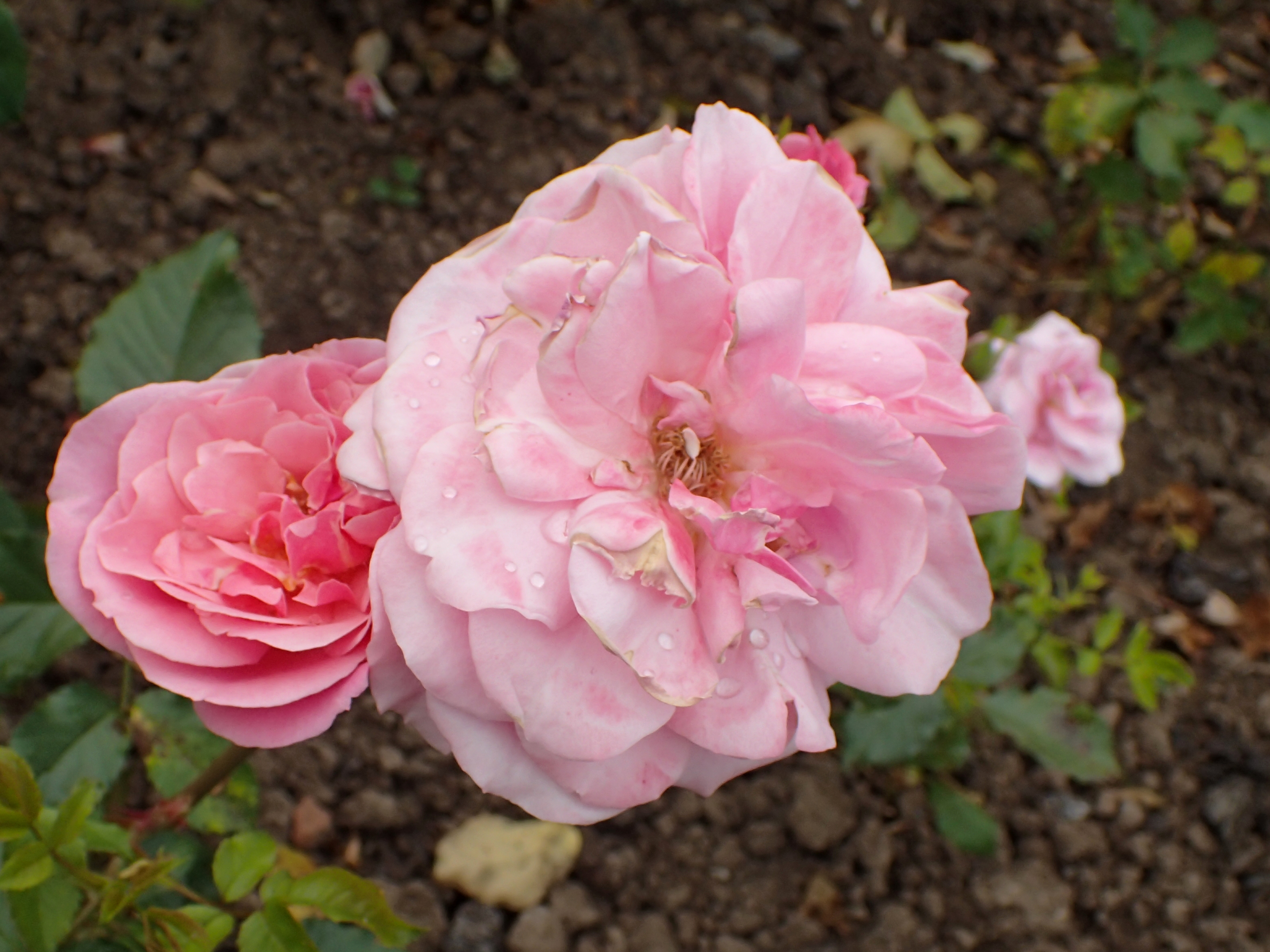
‘Komfort’, Tantau, 1967
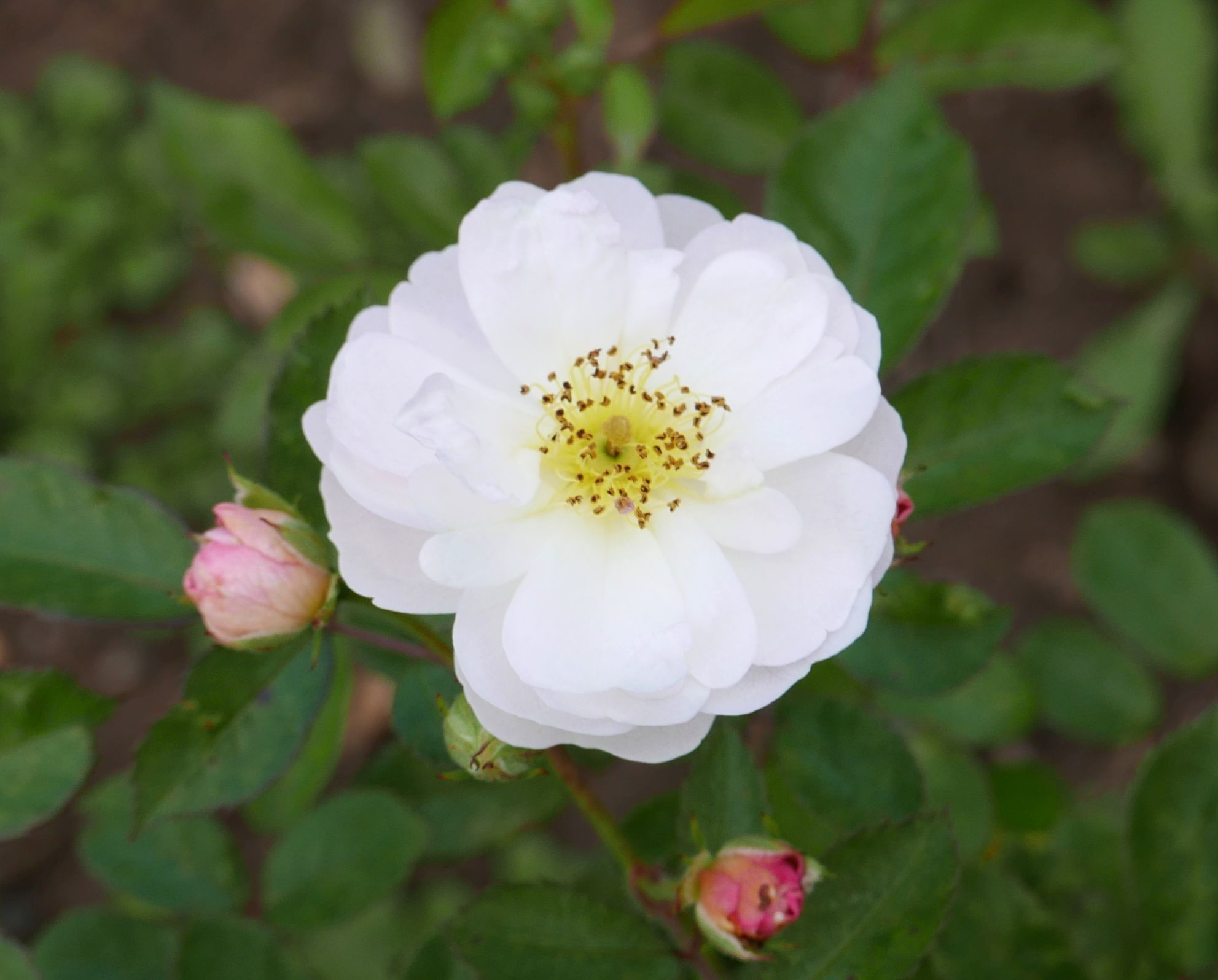
‘Kommerzienrat W. Rautenstrauch’, Lambert, 1909
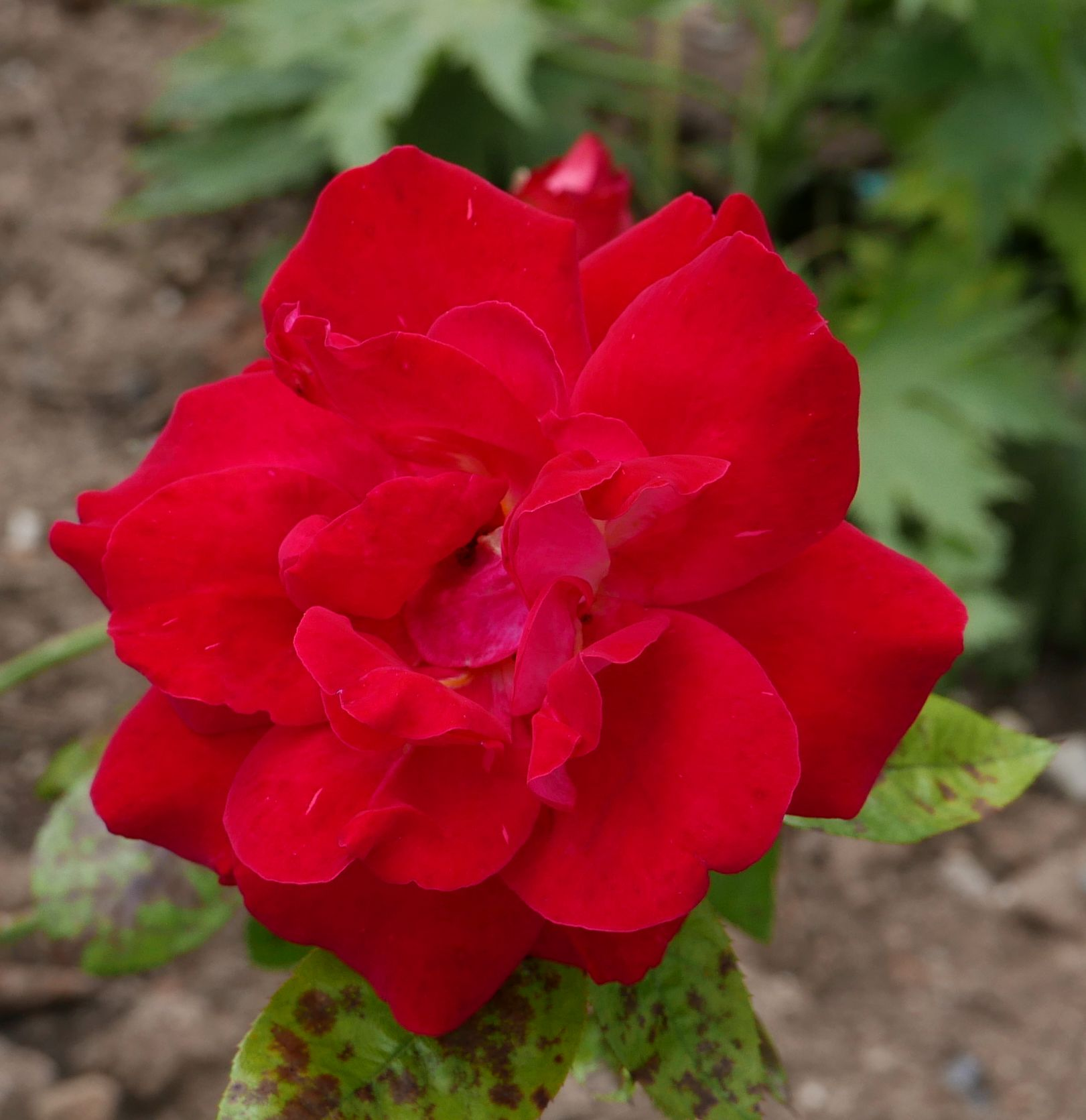
‘Komsomolskij Ogonek’, Klimenko, 1962
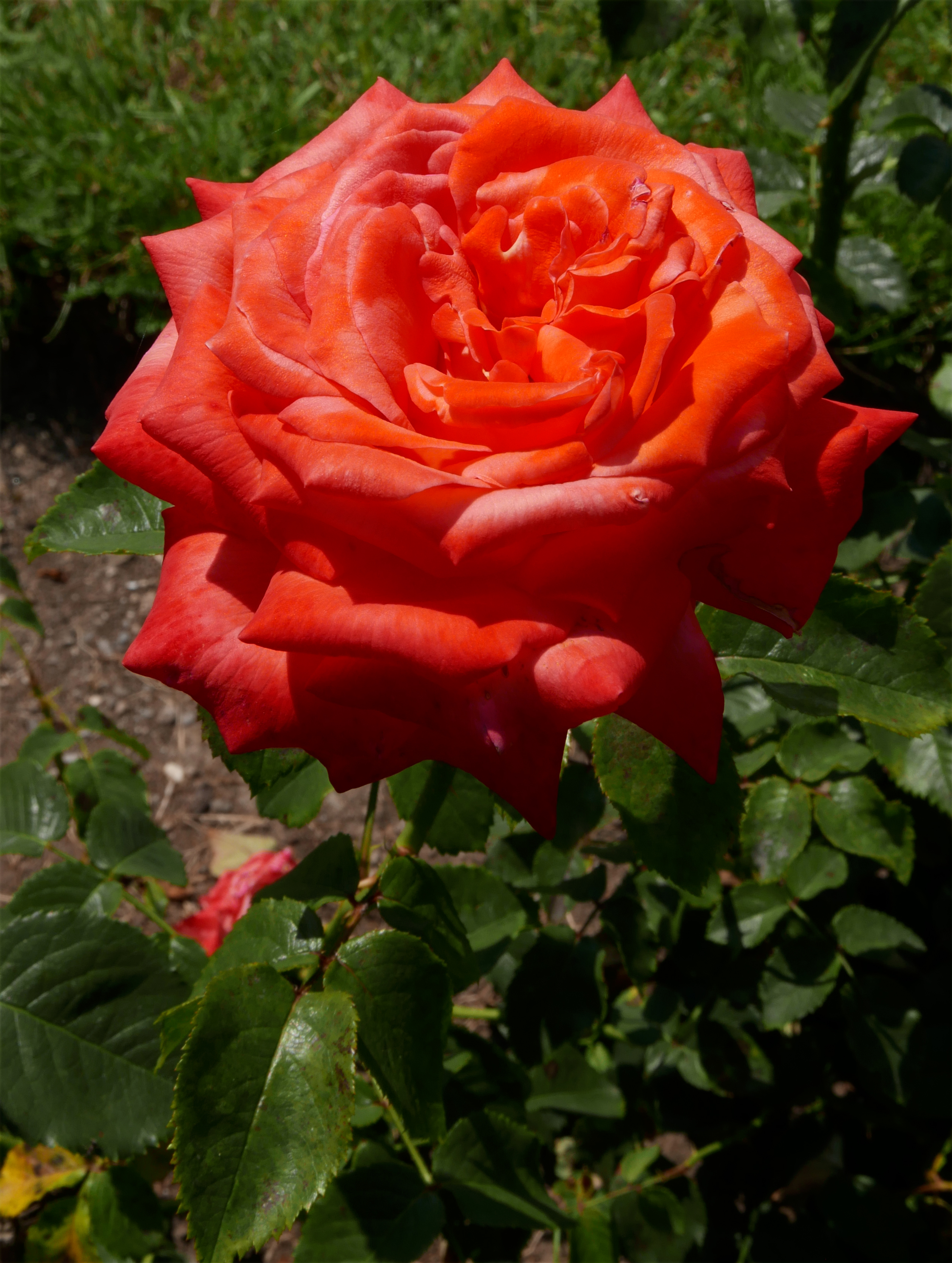
‘Königin der Rosen’, Kordes, 1964
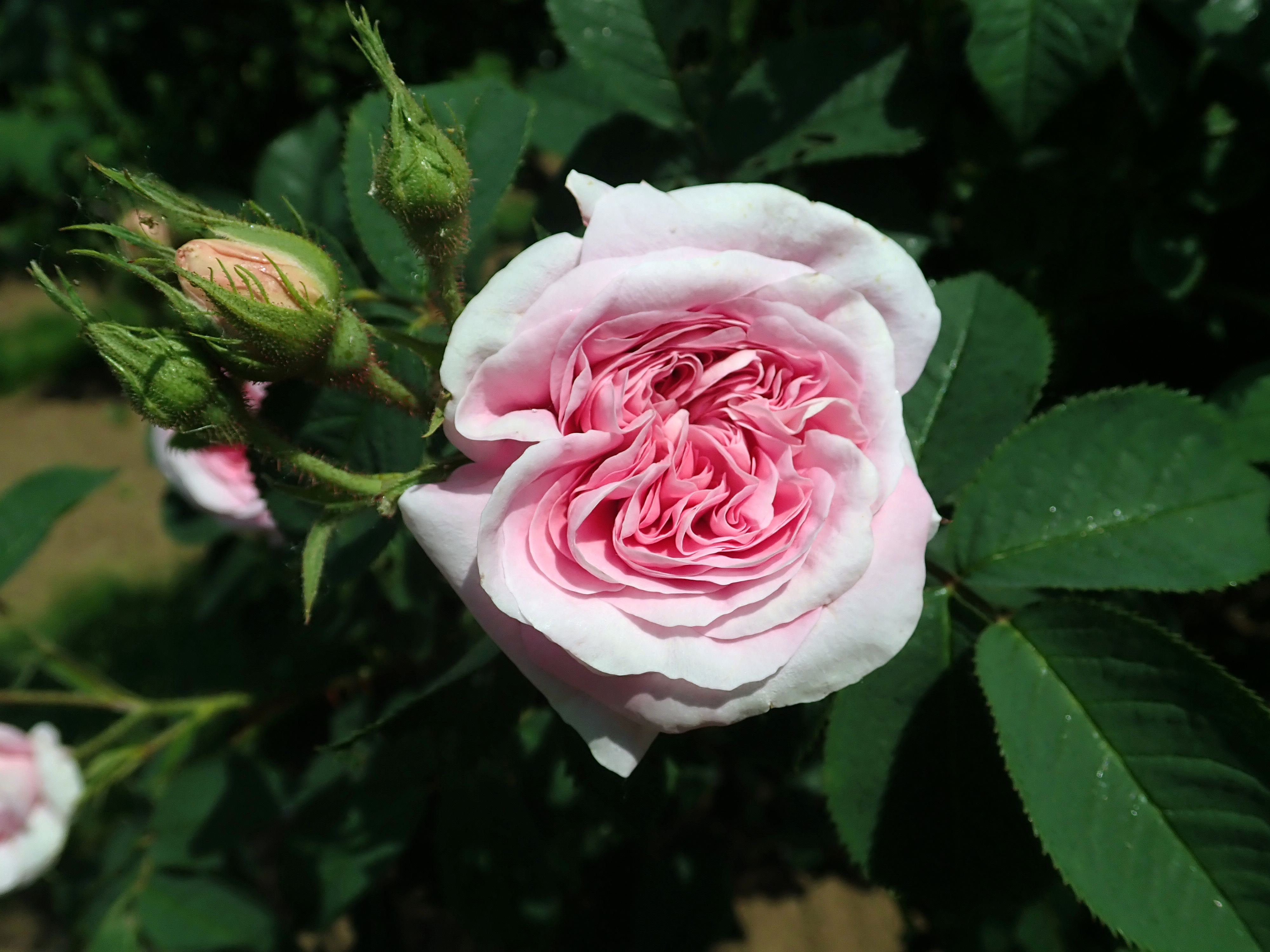
‘Königin von Dänemark’, Booth, 1826
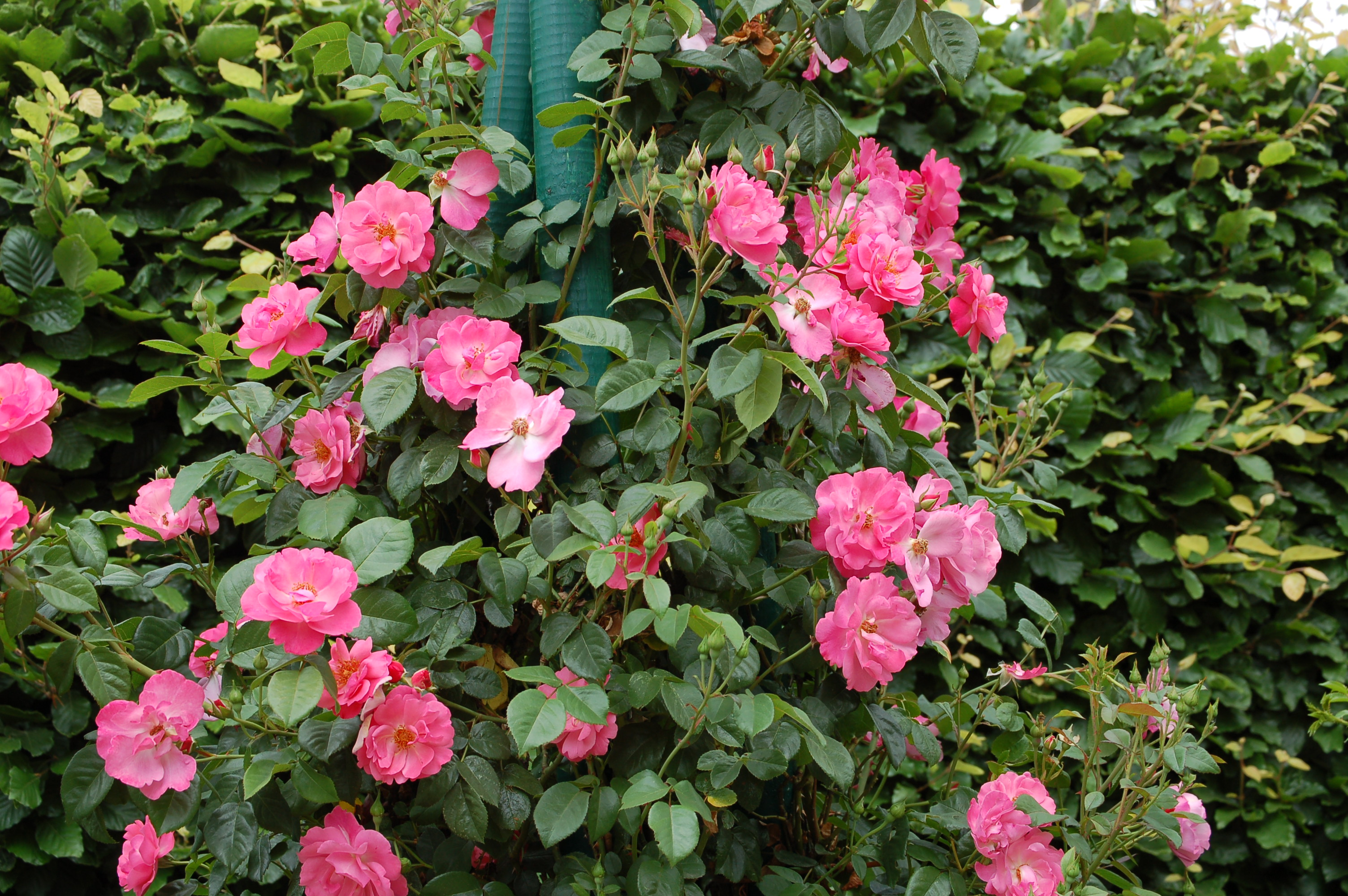
‘König-Ludwig-Rose’, Tantau, 1994
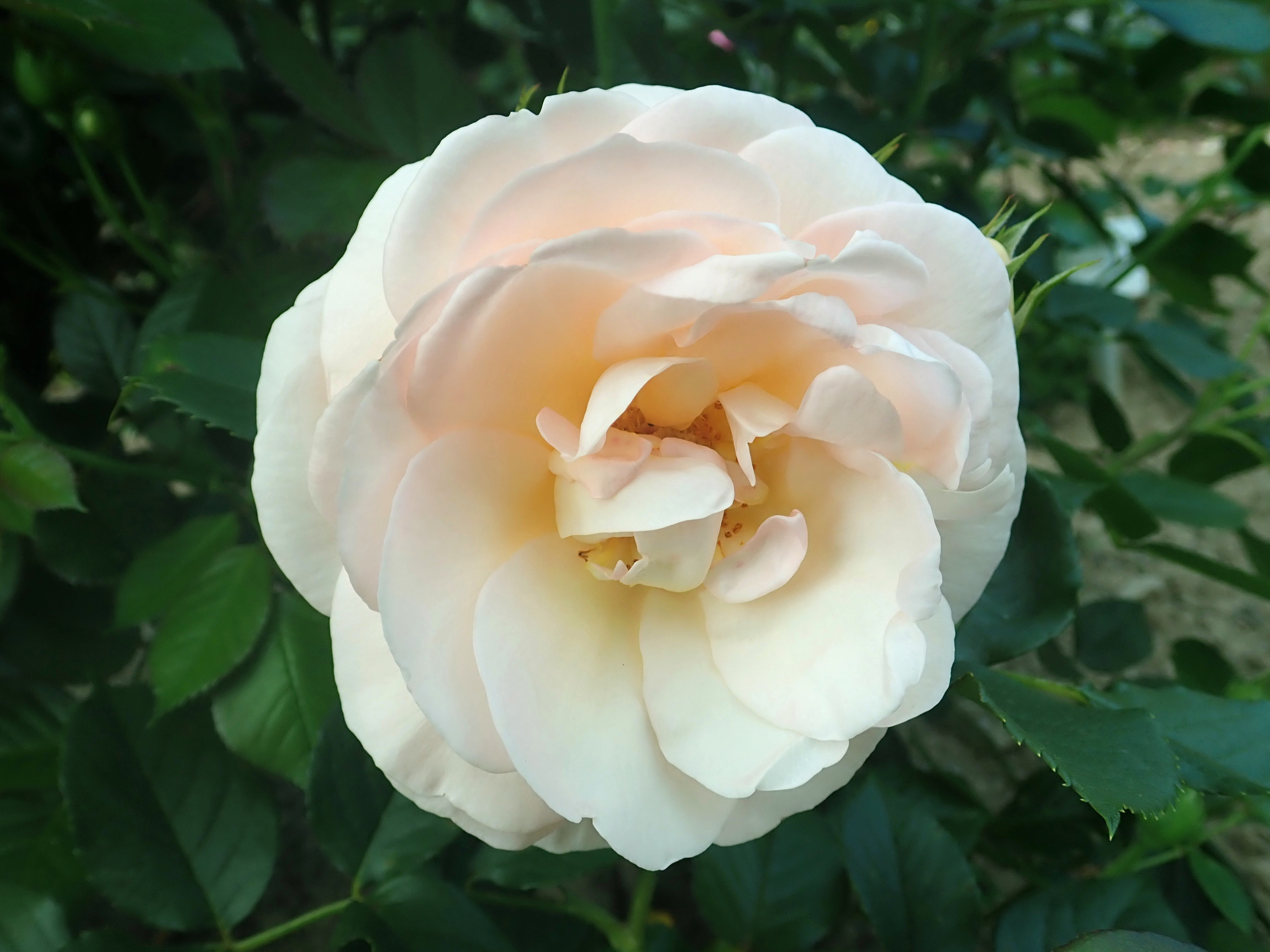
‘König Stanislaus’, Evers, 1998
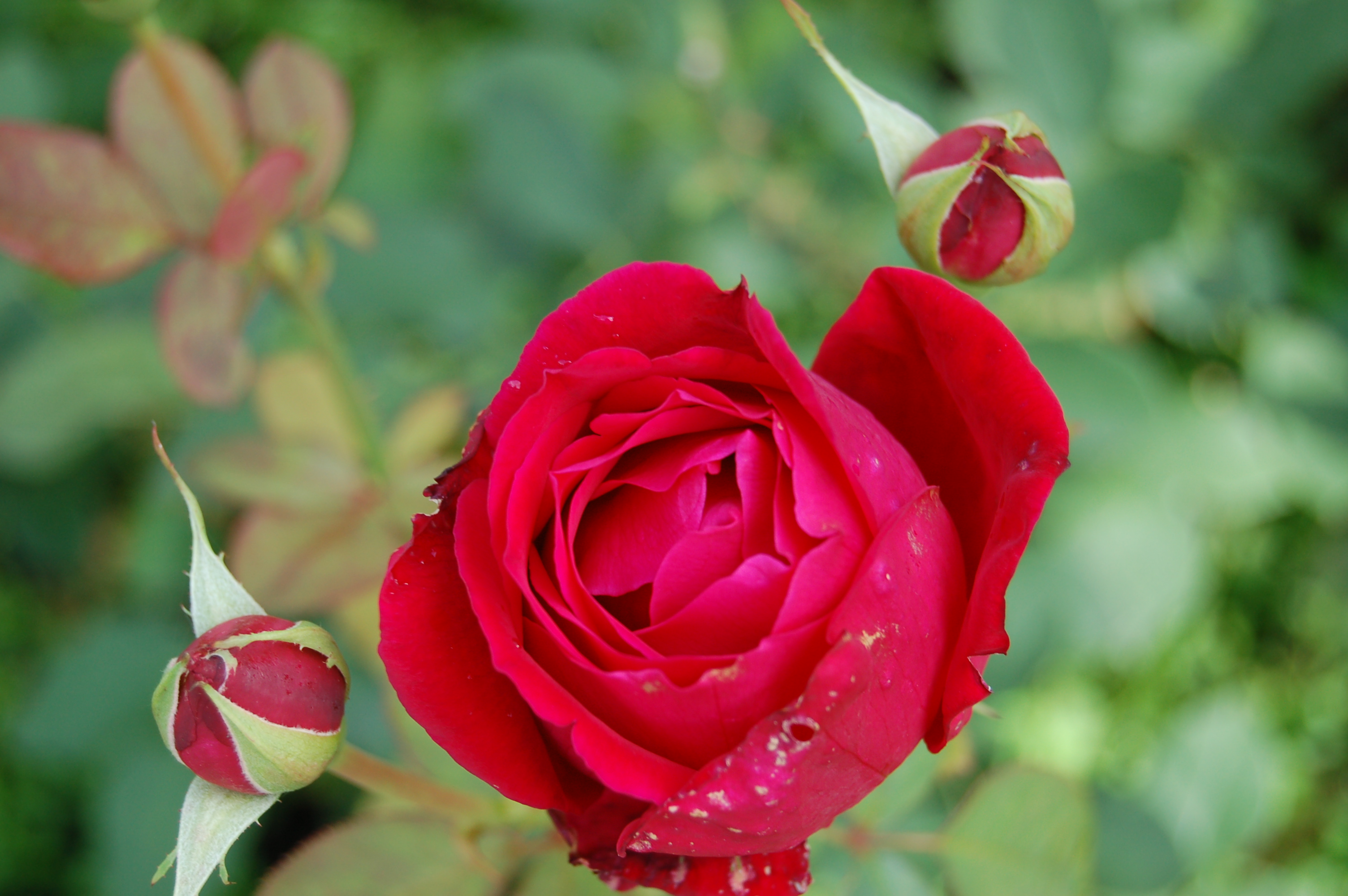
‘Konrad Adenauer’, M. Tantau jun., 1954
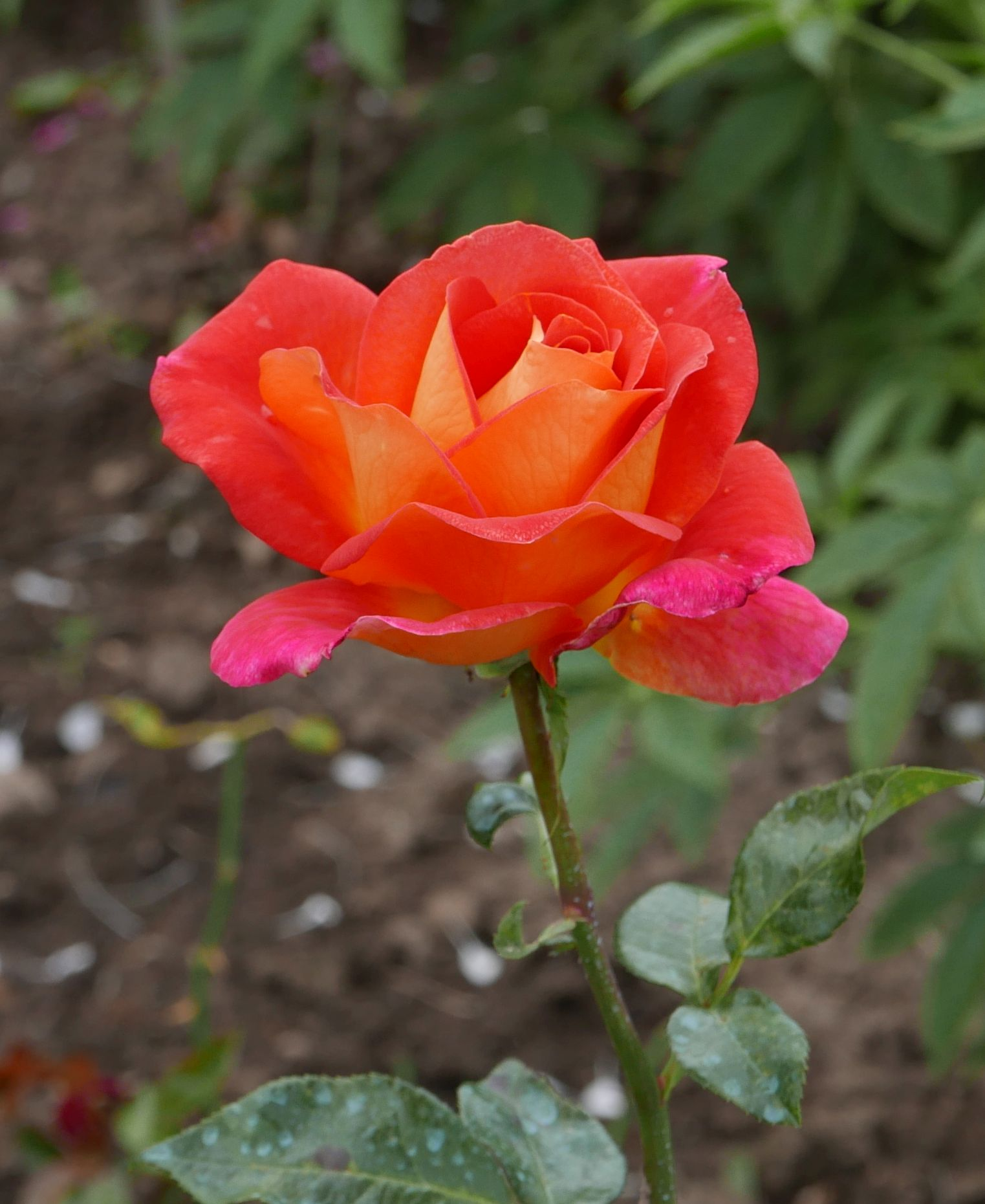
‘Kontrast’, VEG Baumschulen Dresden, 1981
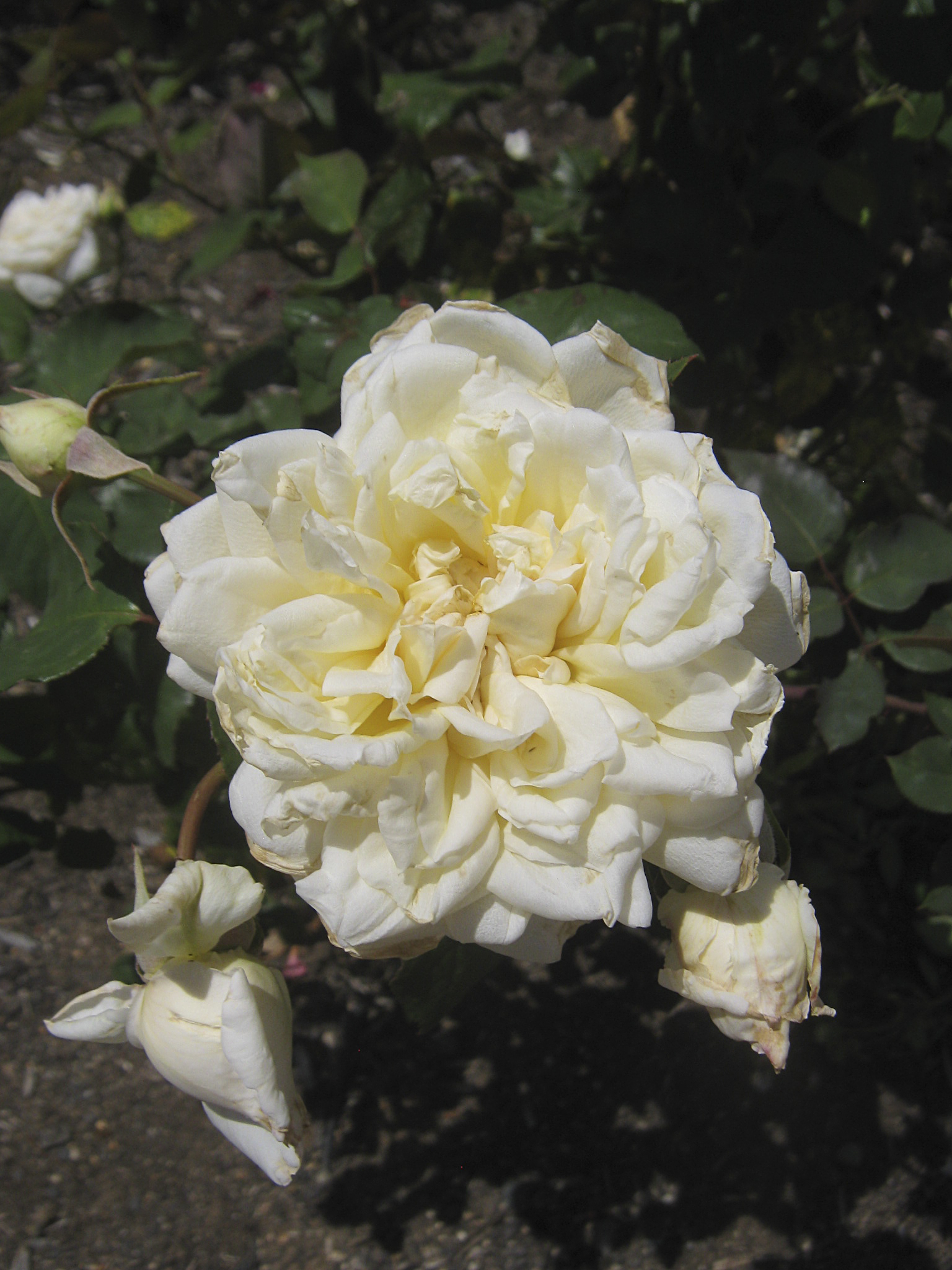
‘Kootenay’, Alexander Dickson II, 1914
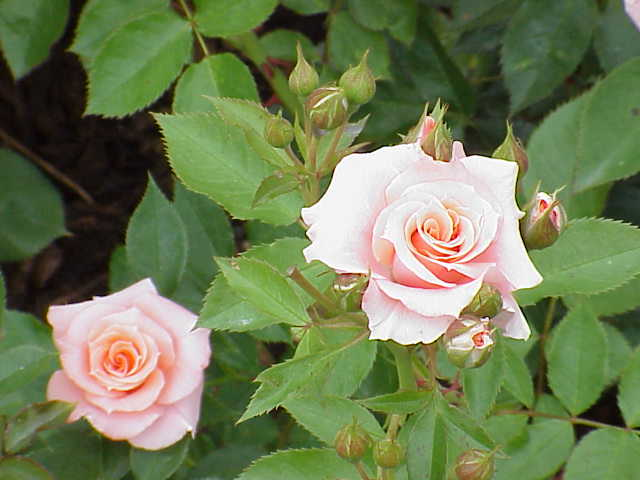
‘Koralle’, Harkness, 1991
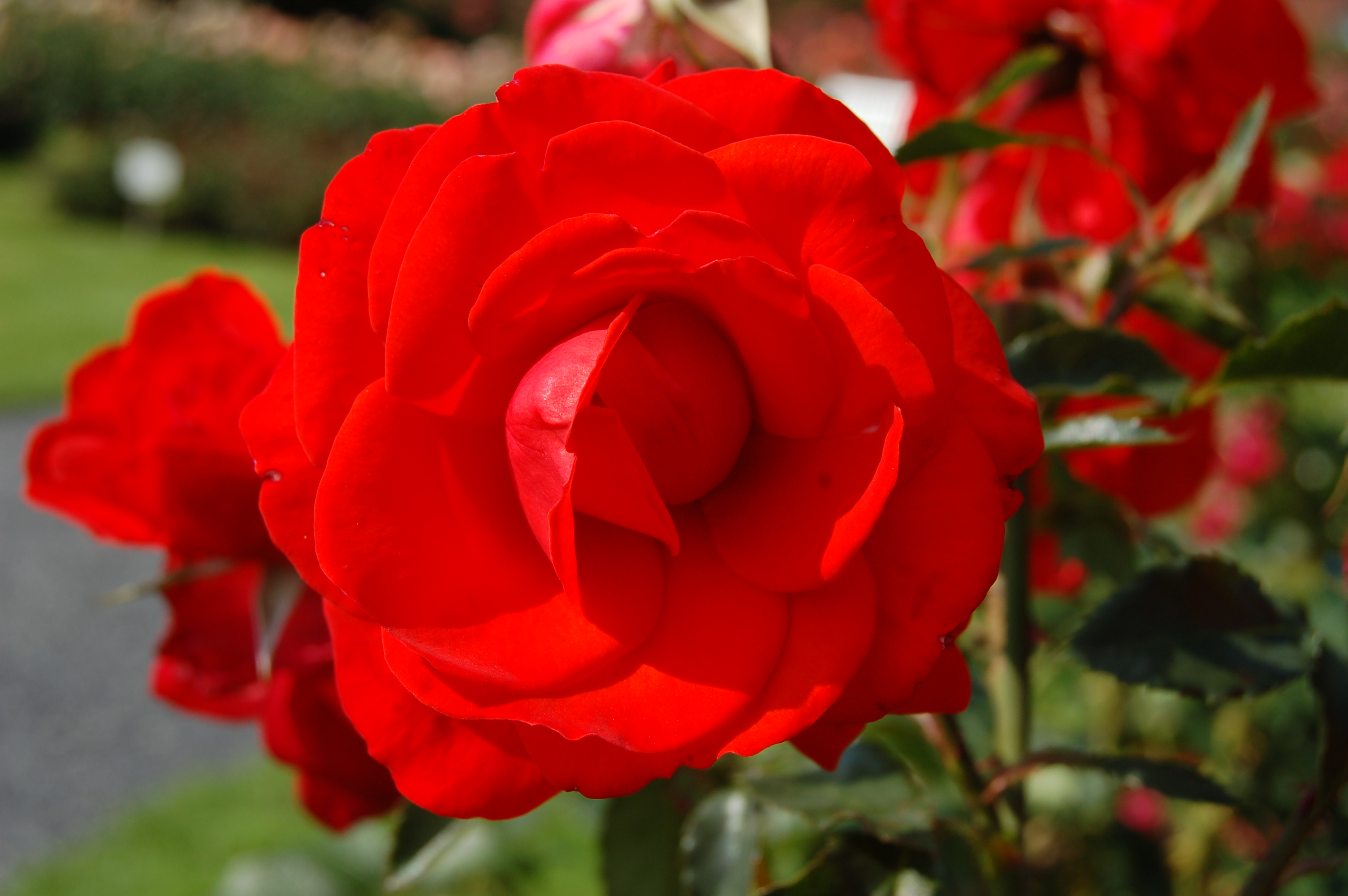
‘Kordes Brilliant’, Kordes, 1983
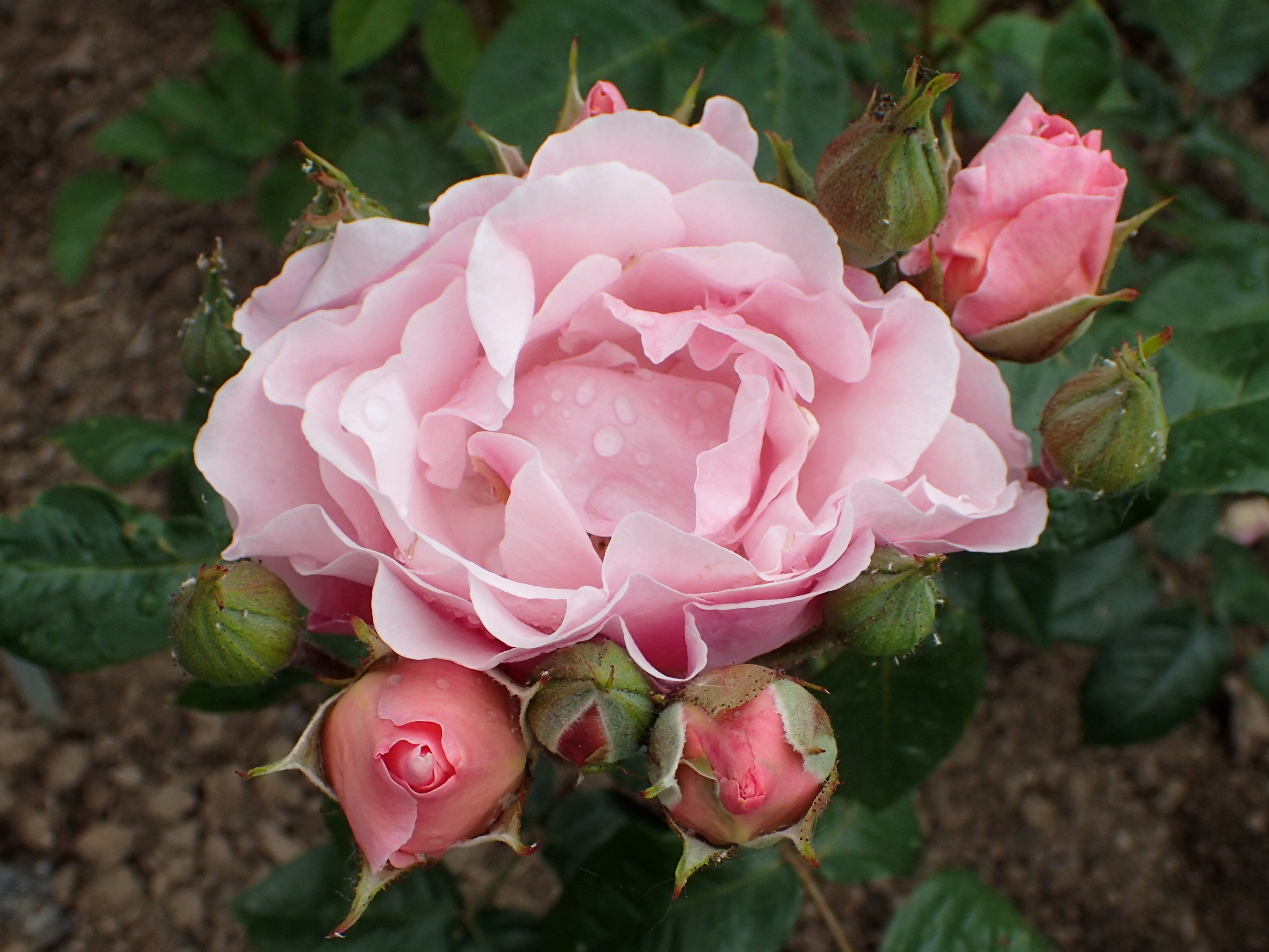
‘Korrigan’, Poulsen, 1972
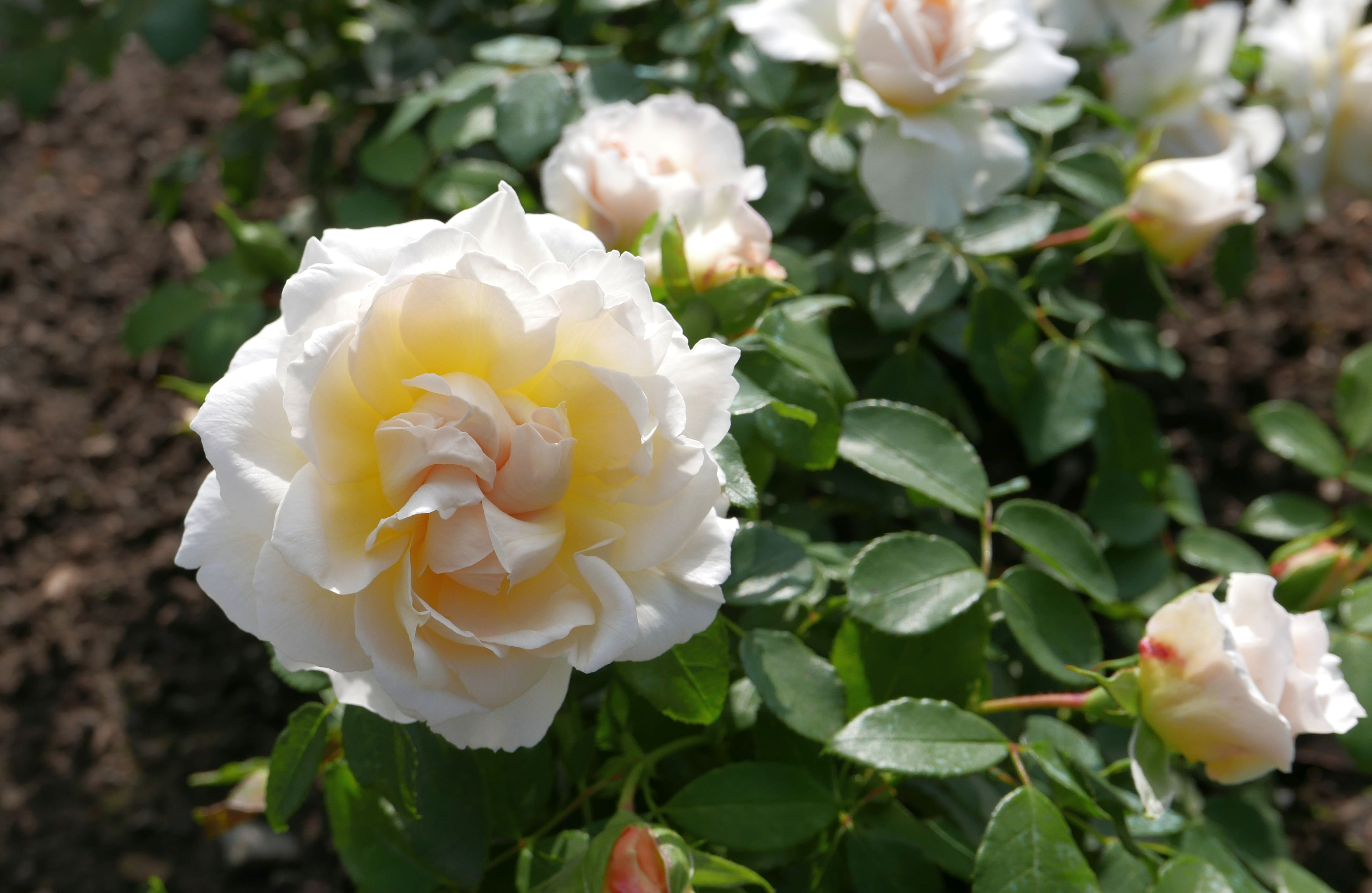
‘Kosmos’, Kordes, 2006
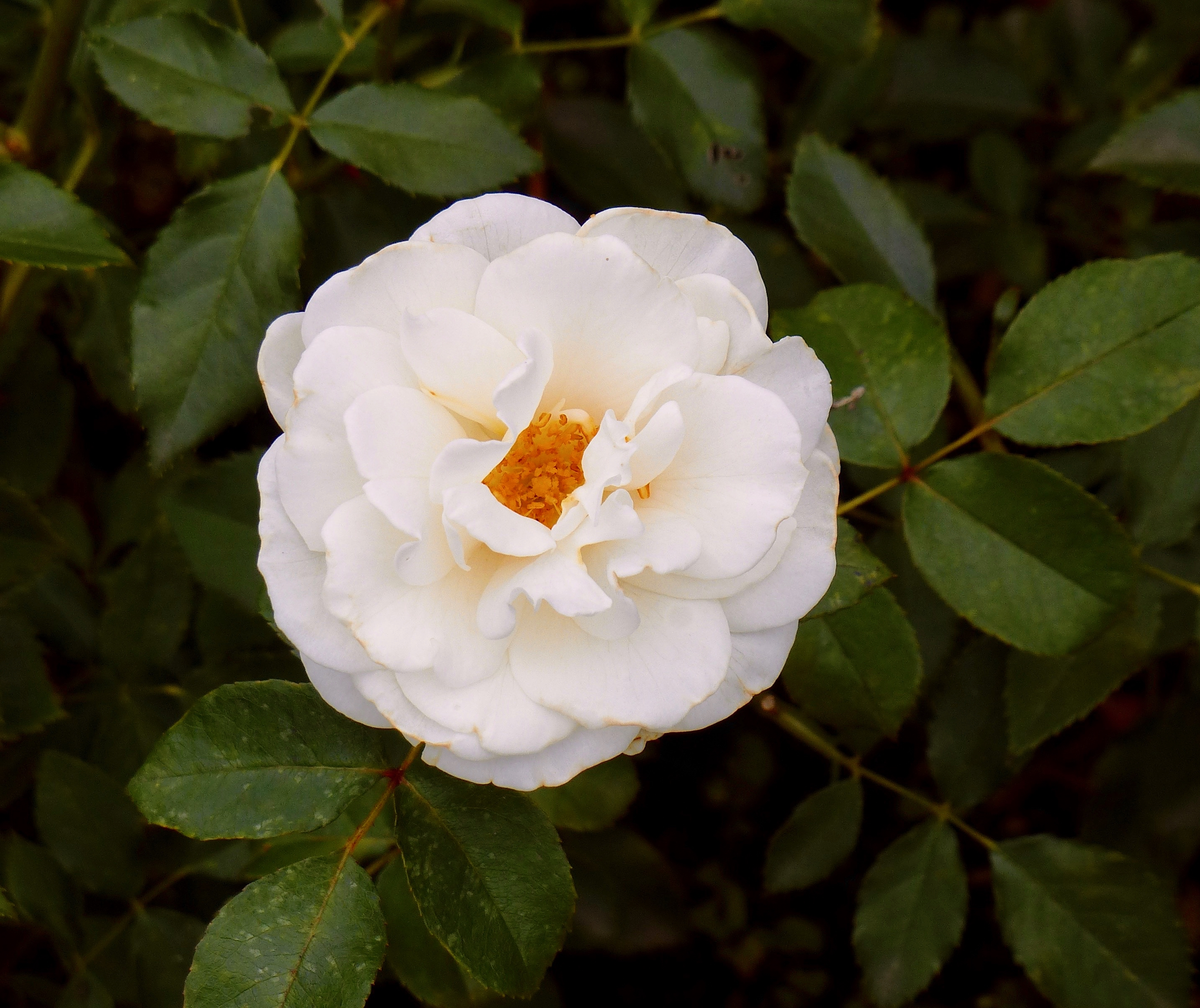
‘Kristall’, Anni Berger, 1979
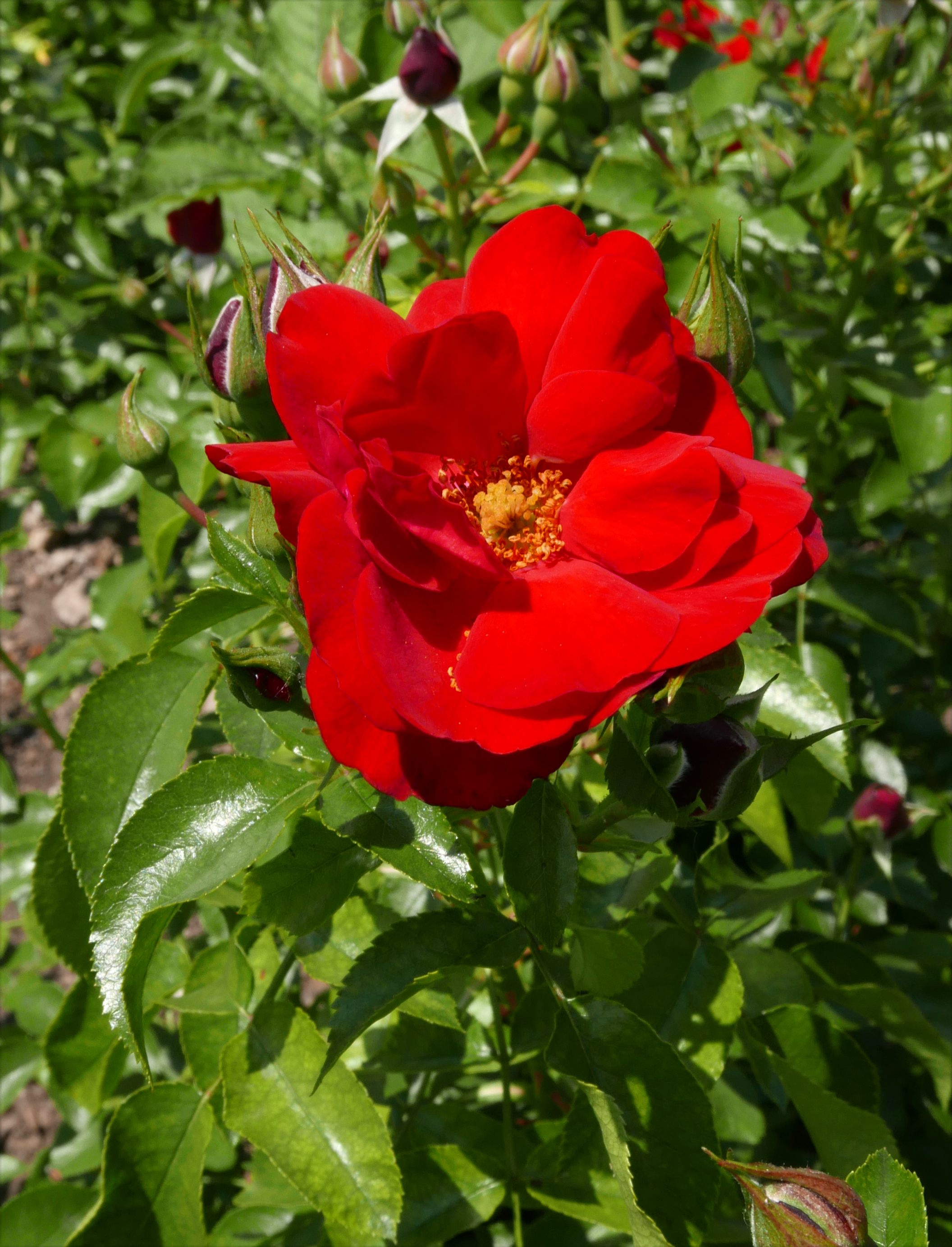
‘Kronjuwel’, Noack, 1997
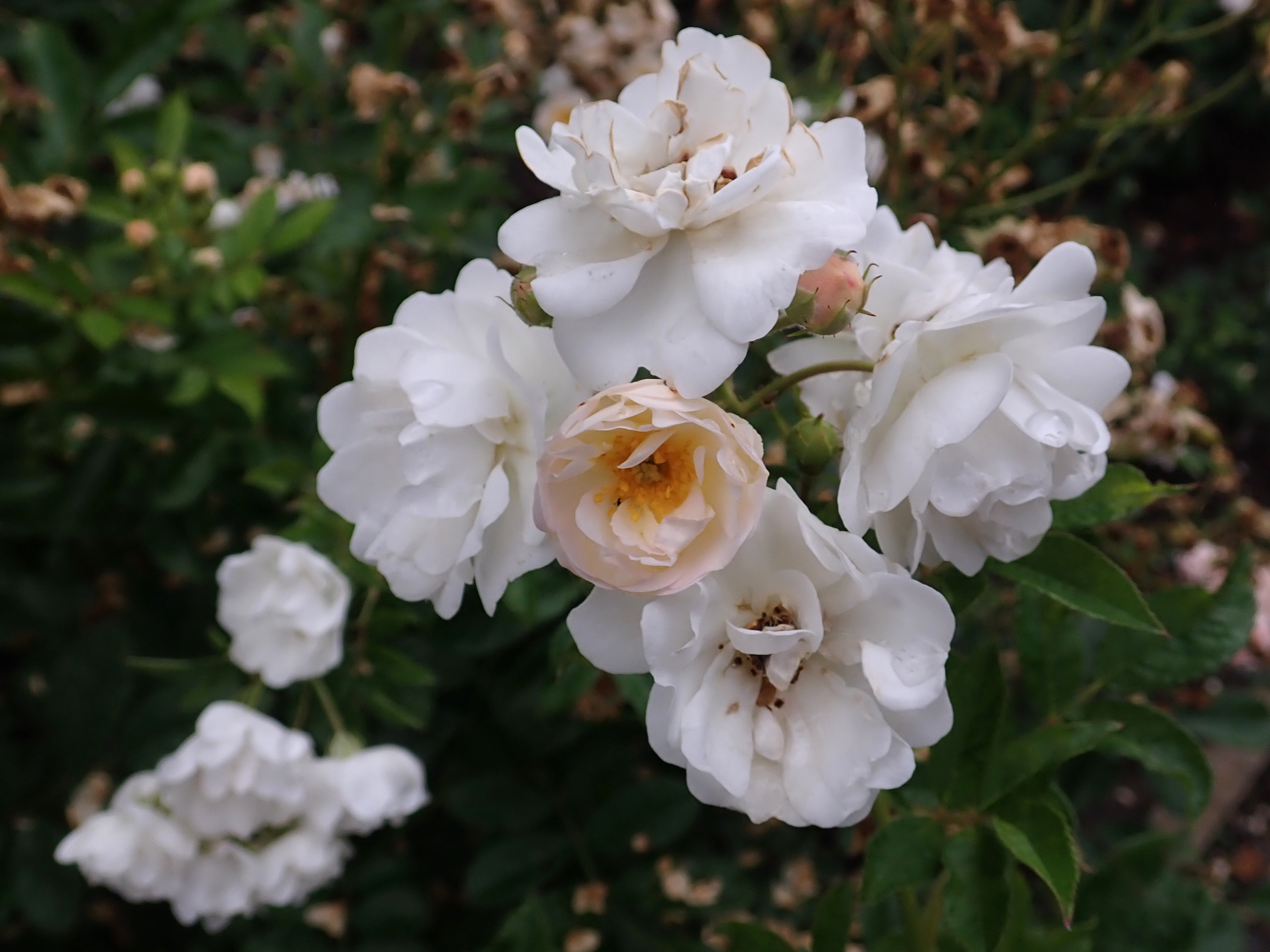
‘Kronprinzessin Viktoria’, L. Späth, 1888
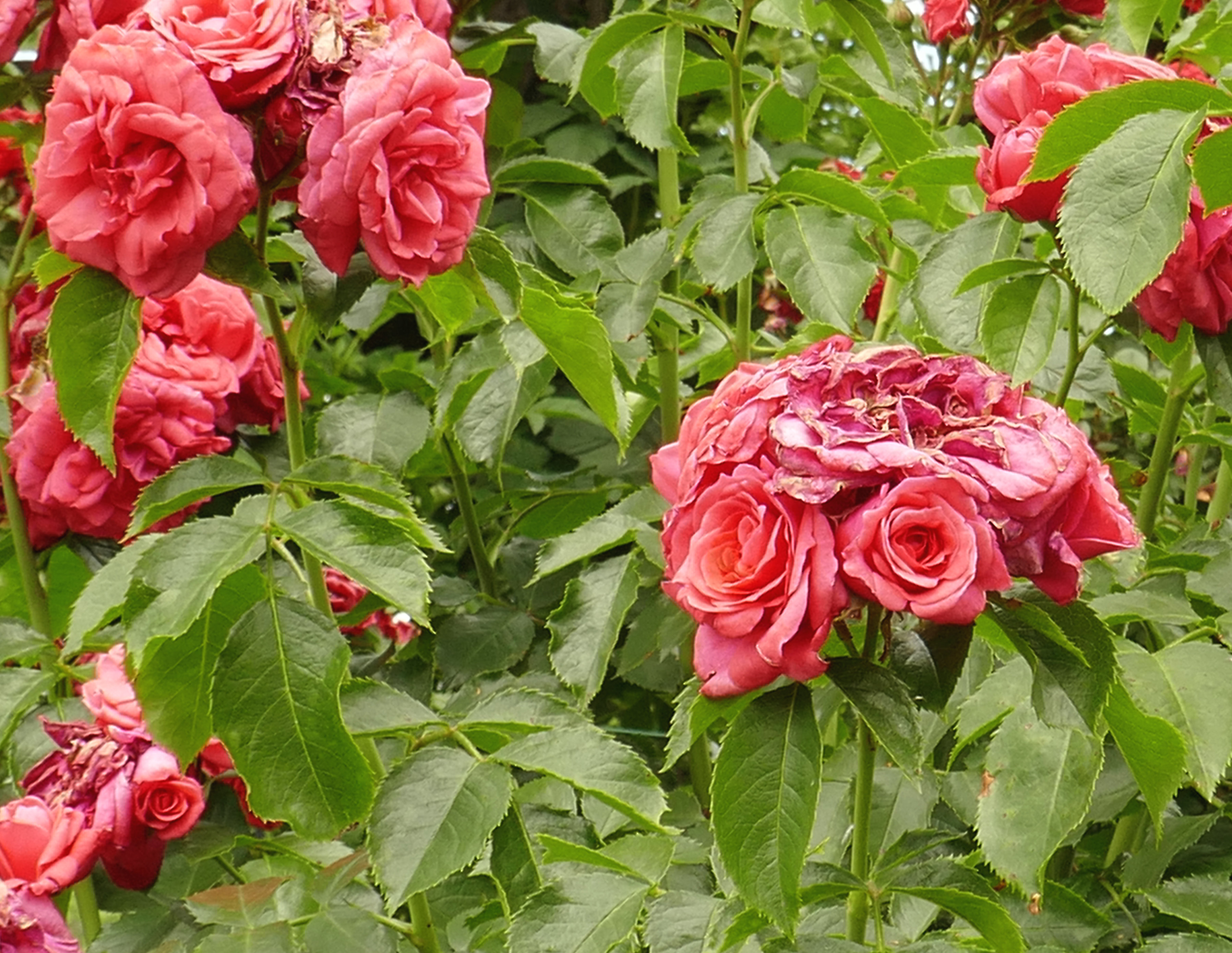
‘Kronprinzessin Viktoria von Schweden’, Hetzel, 1986
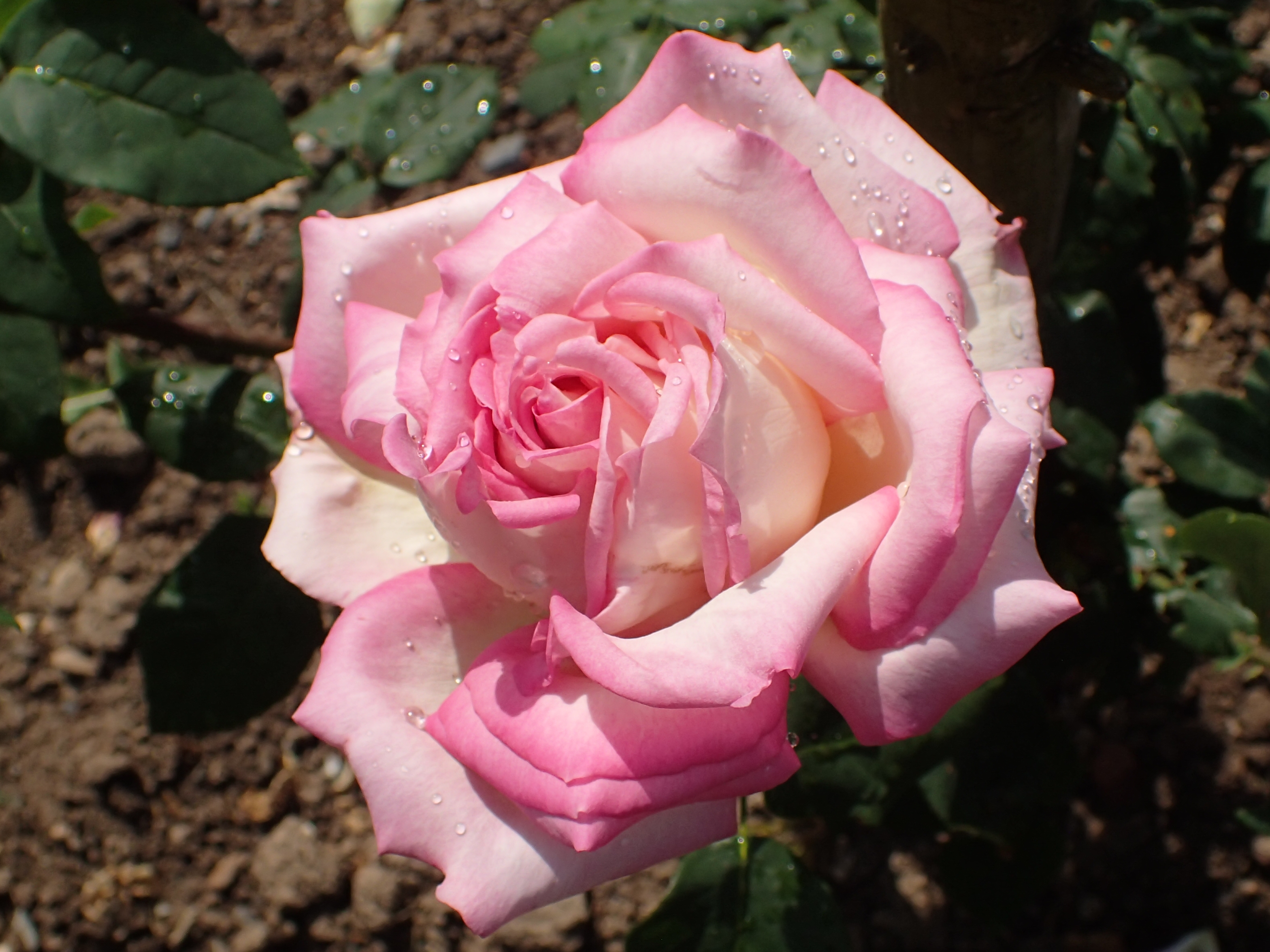
‘Krymskij Rassvet’, Klimenko, 2006
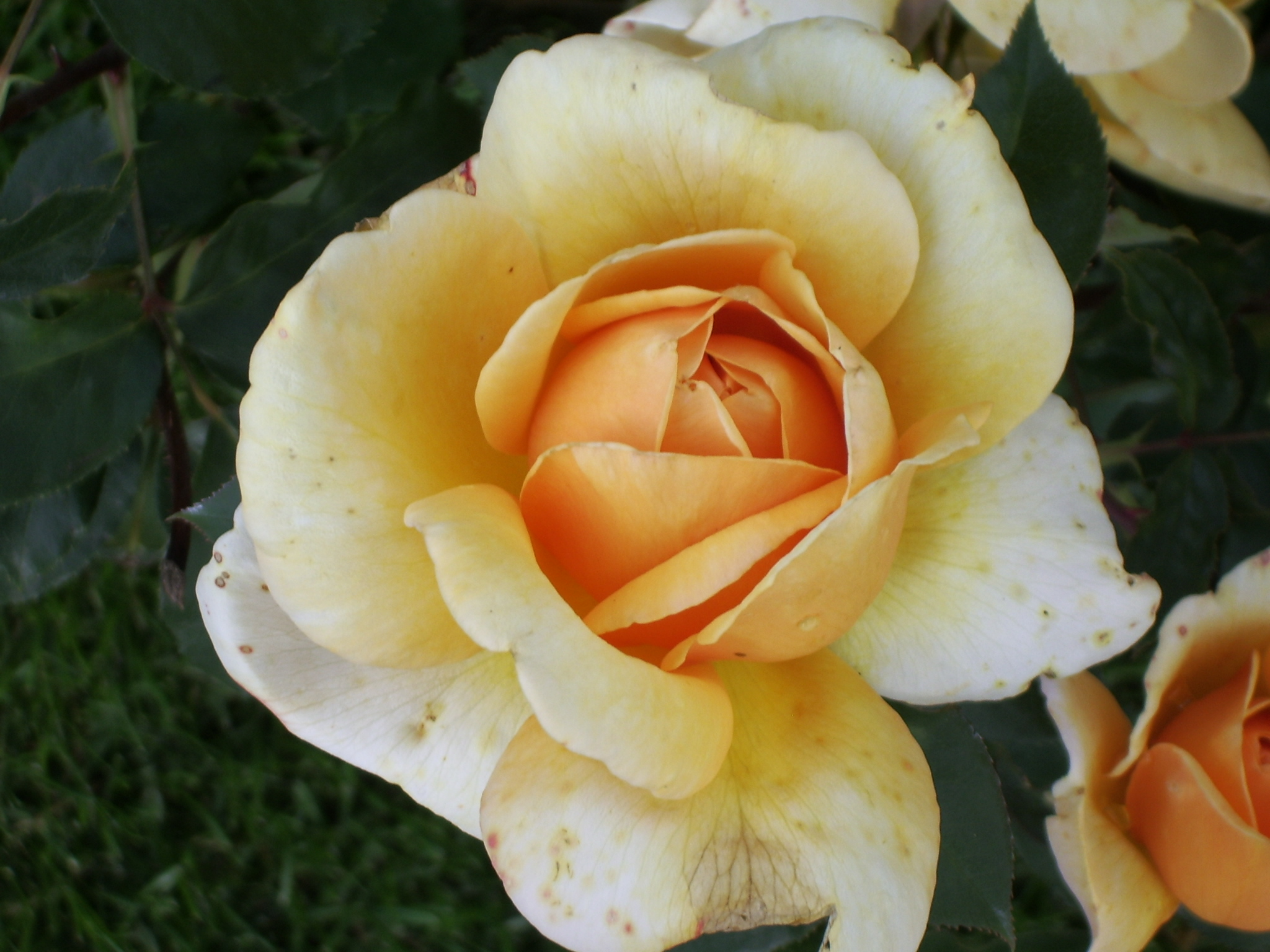
‘Kupferkönigin’, Kordes, 1996
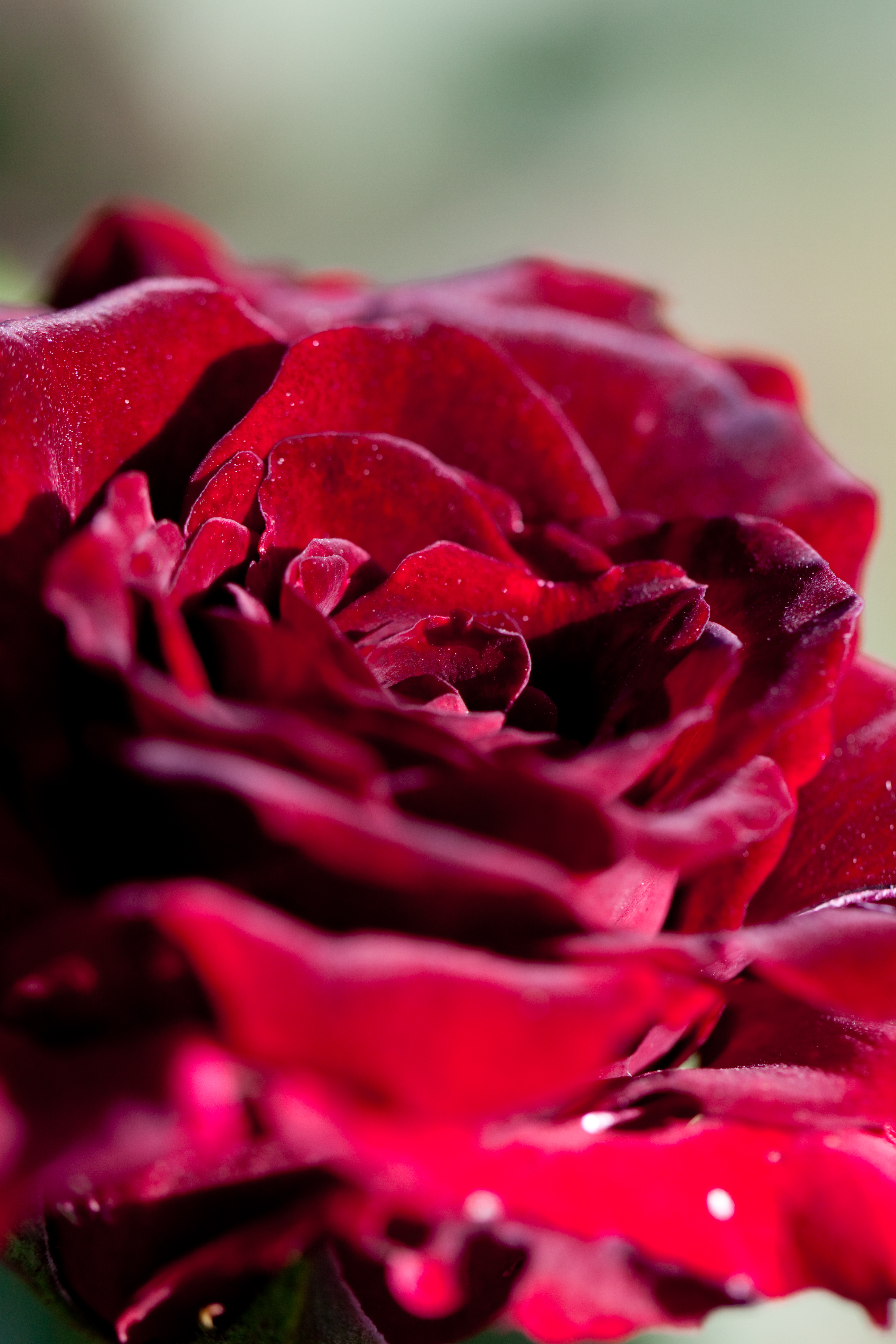
‘Kuroshinju’, Seizo Suzuki, 1989
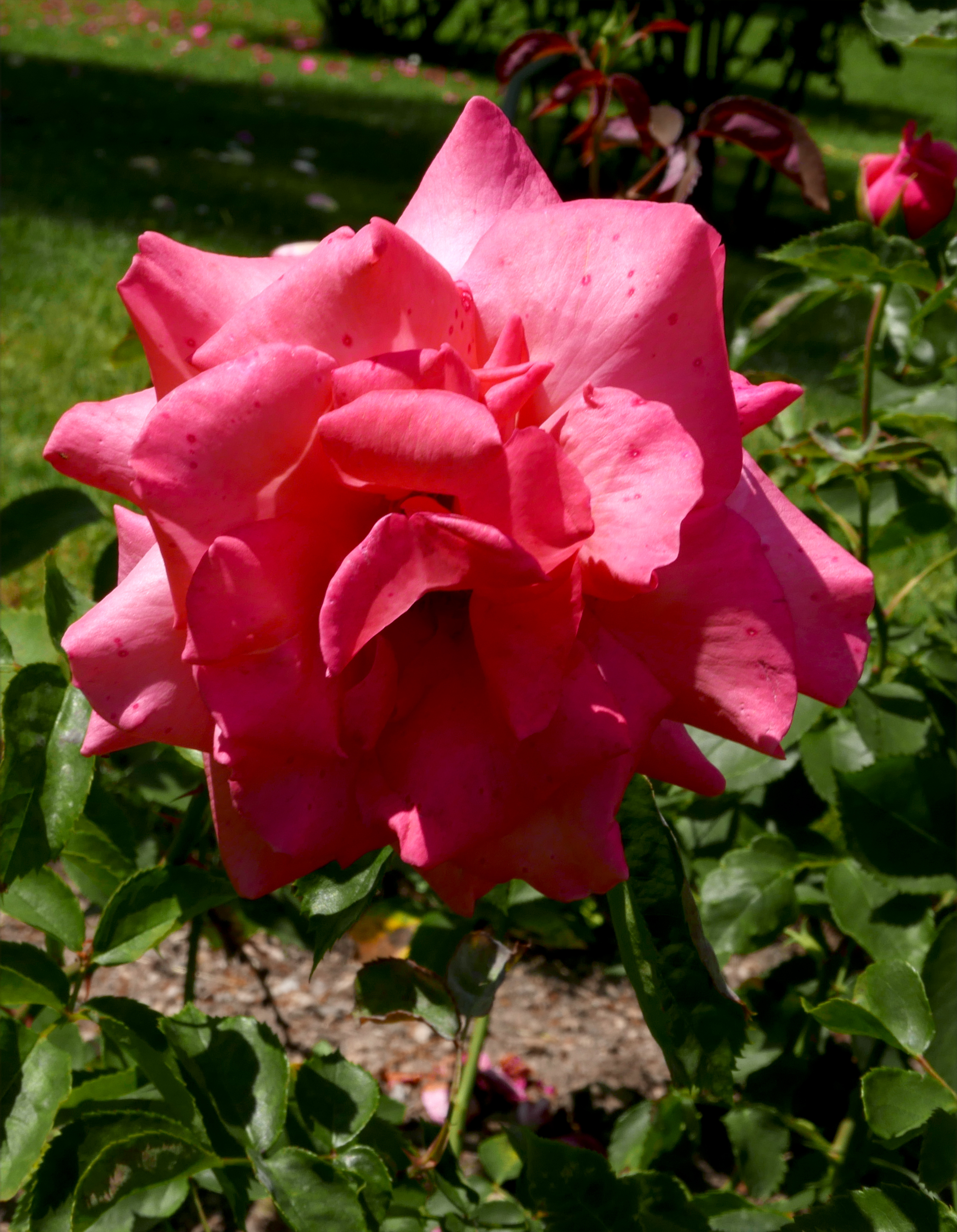
‘Kurstadt Baden’, Tantau, 1966
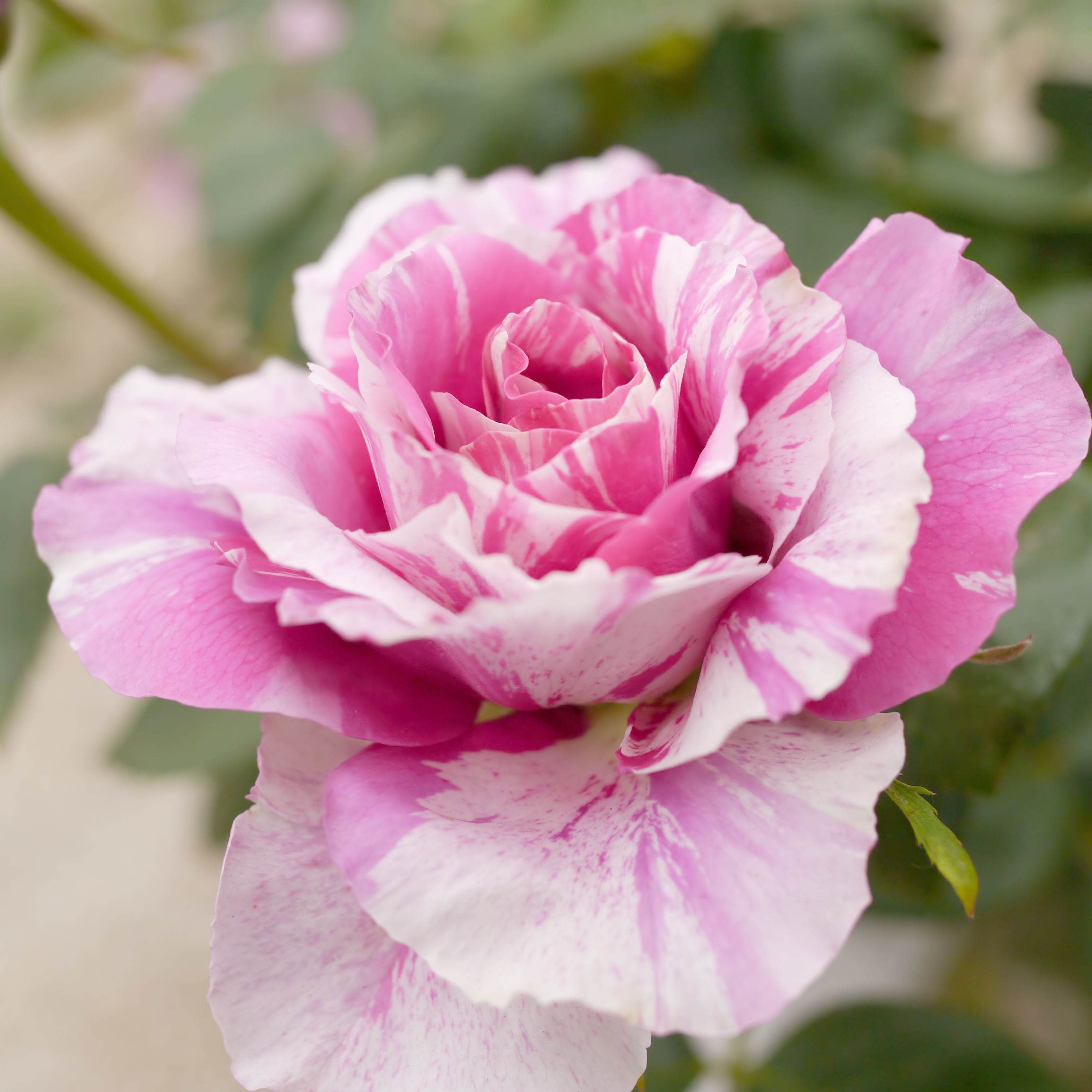
‘Kusudama’, Tagashira, 2005
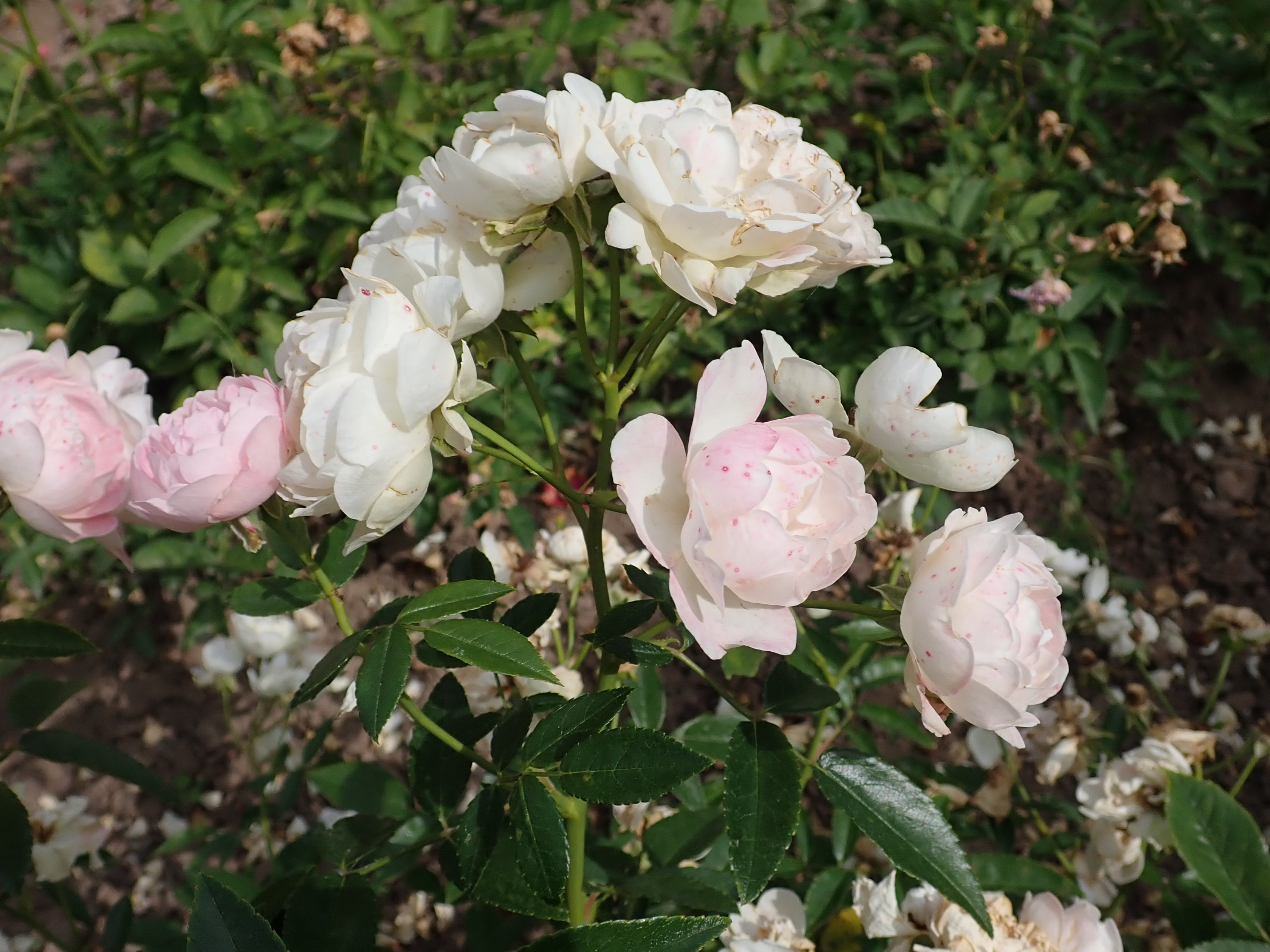
‘Kutno’, Bolesław Wituszyński, 1965

## L

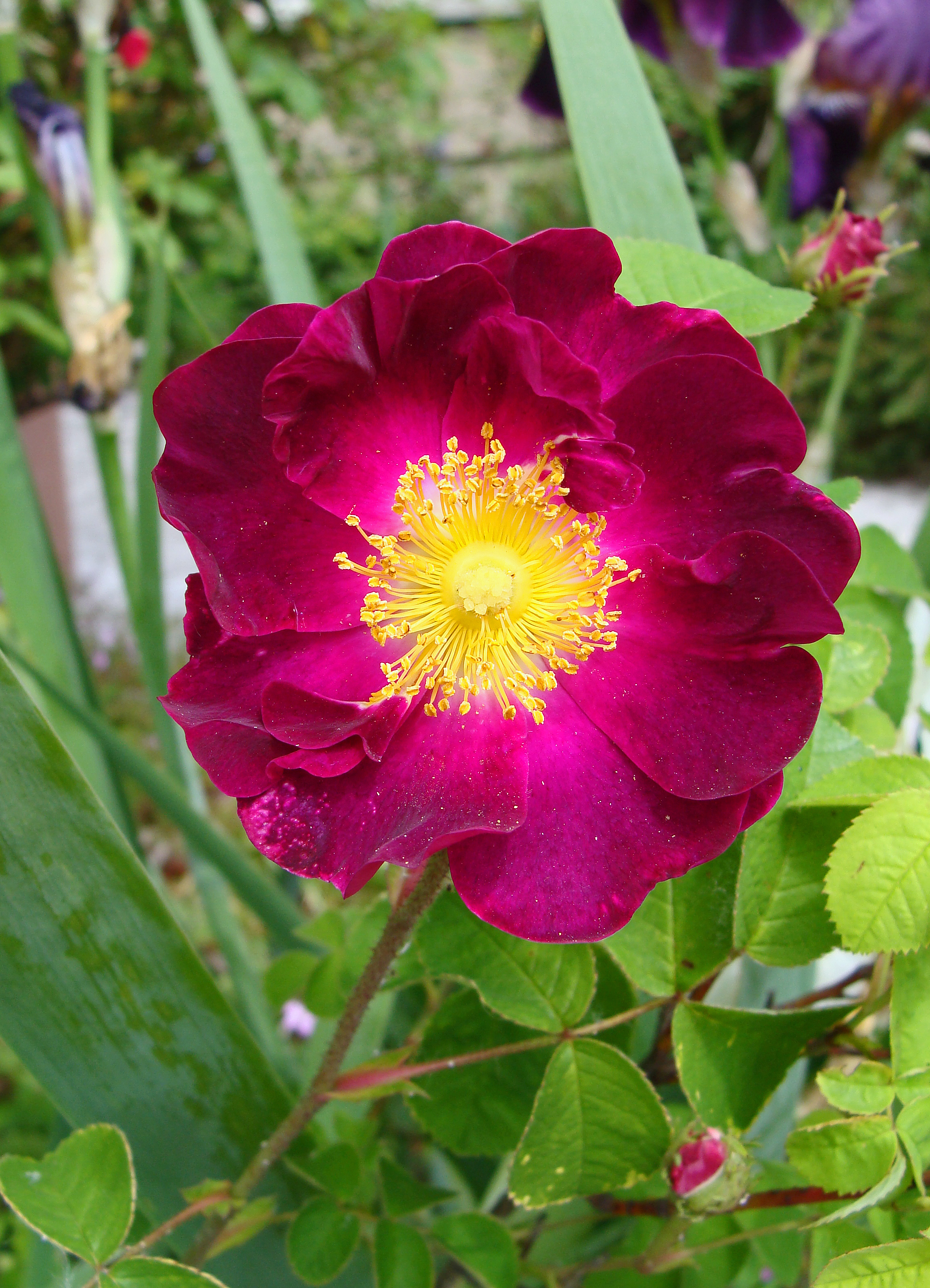
‘La Belle Sultane’, Niederlande, vor 1795
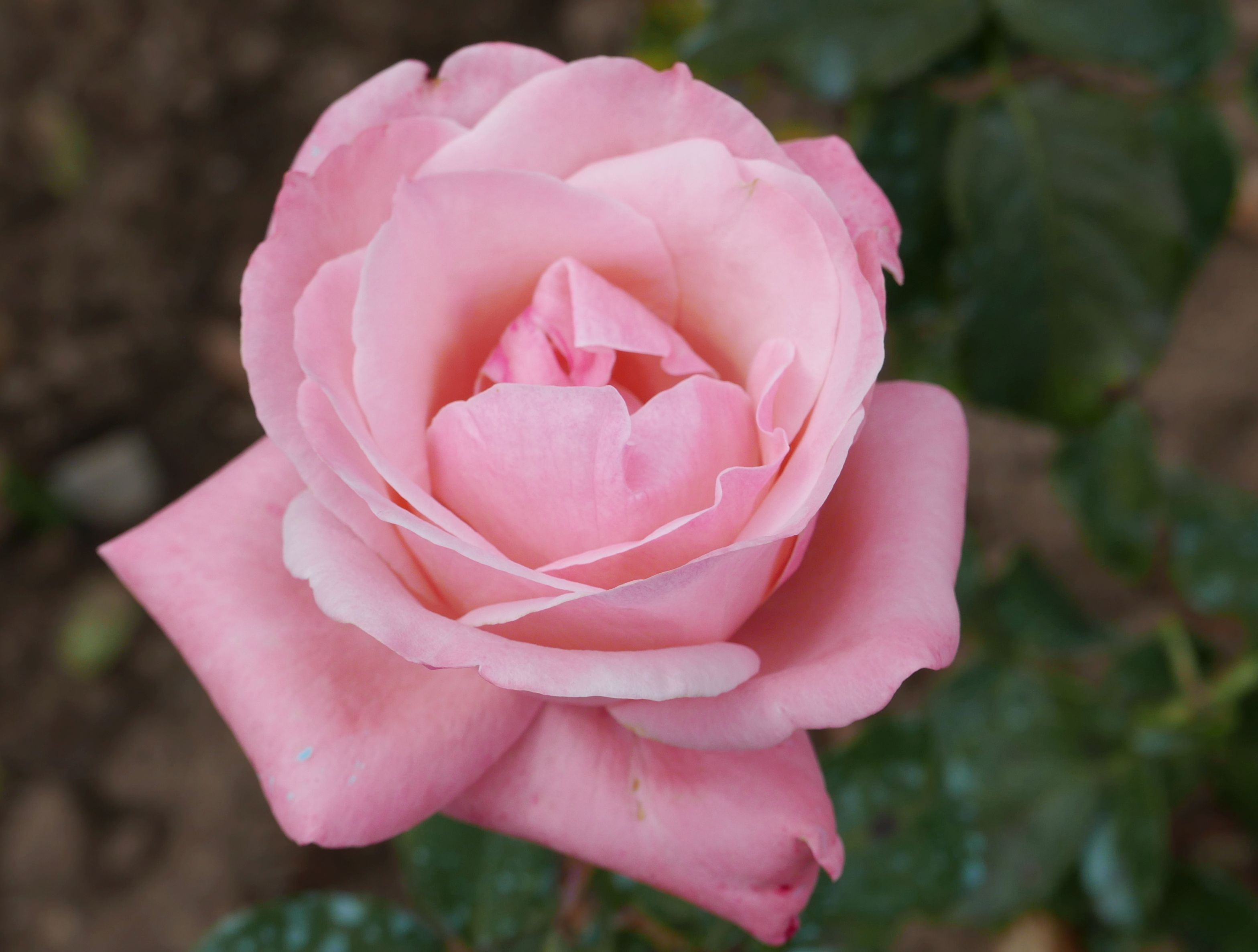
‘Lady Di’, Richard Huber, 1982
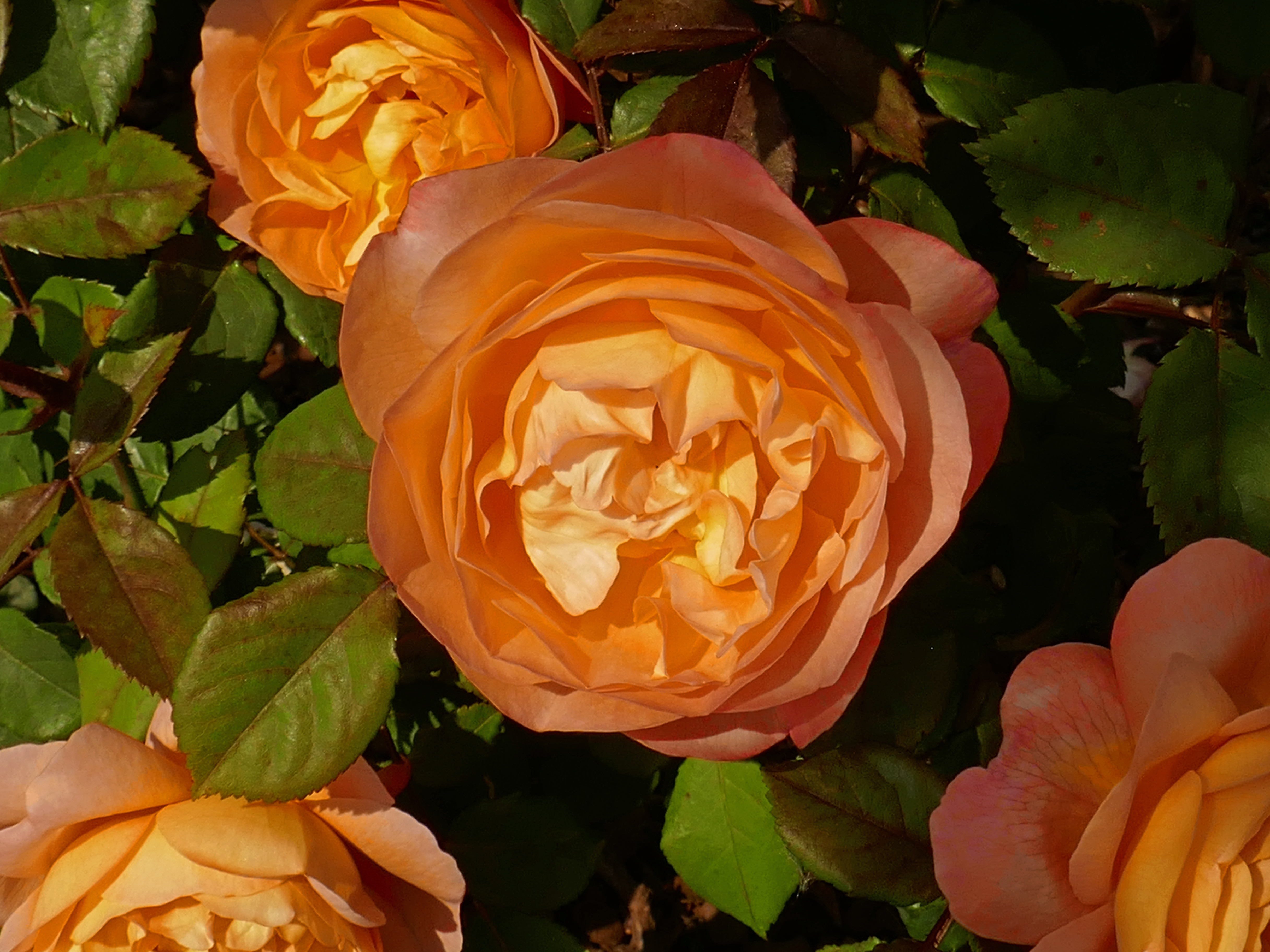
‘Lady Emma Hamilton’, Austin, 2007
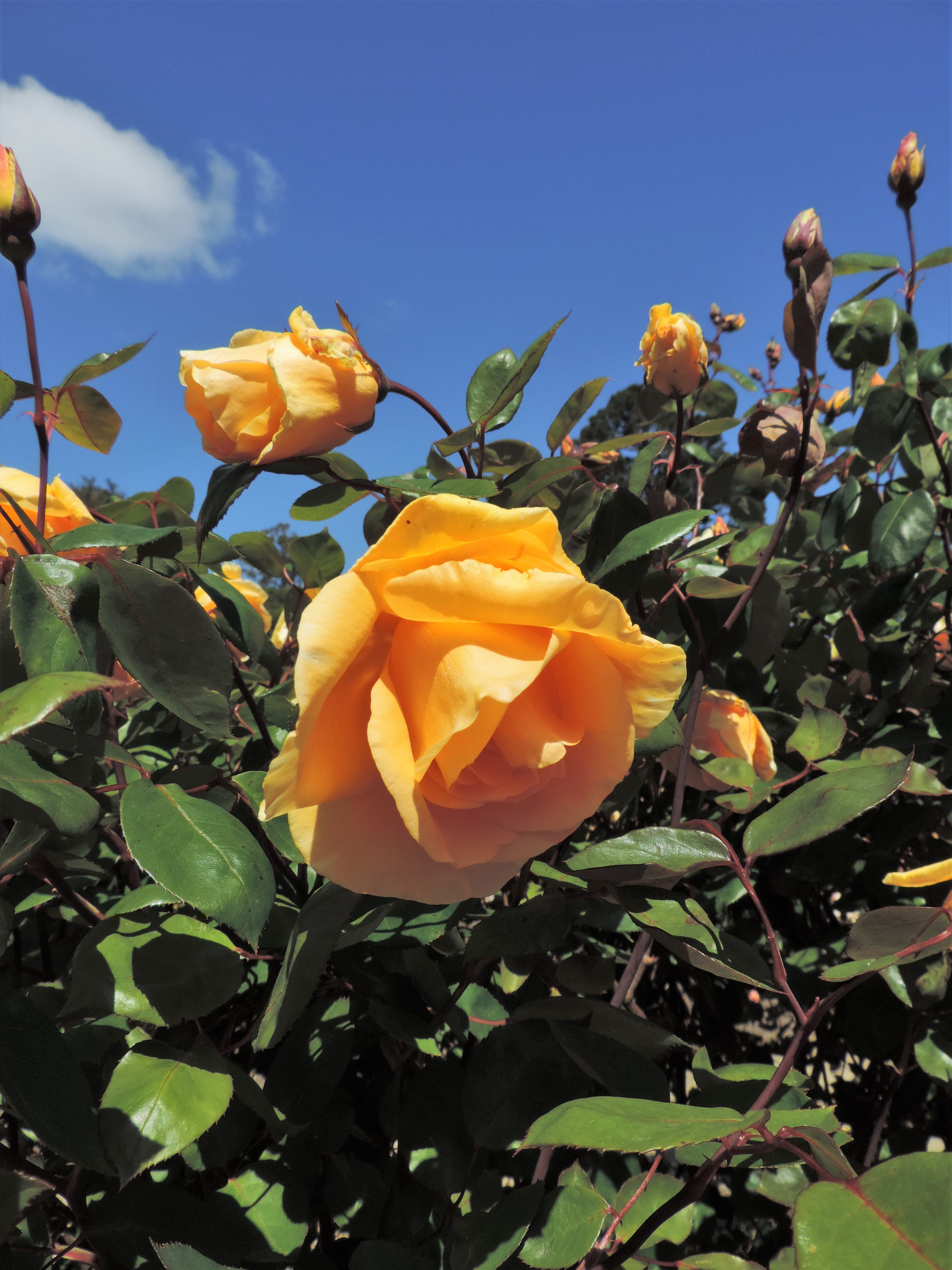
‘Lady Hillingdon’, Lowe & Shawyer, 1910
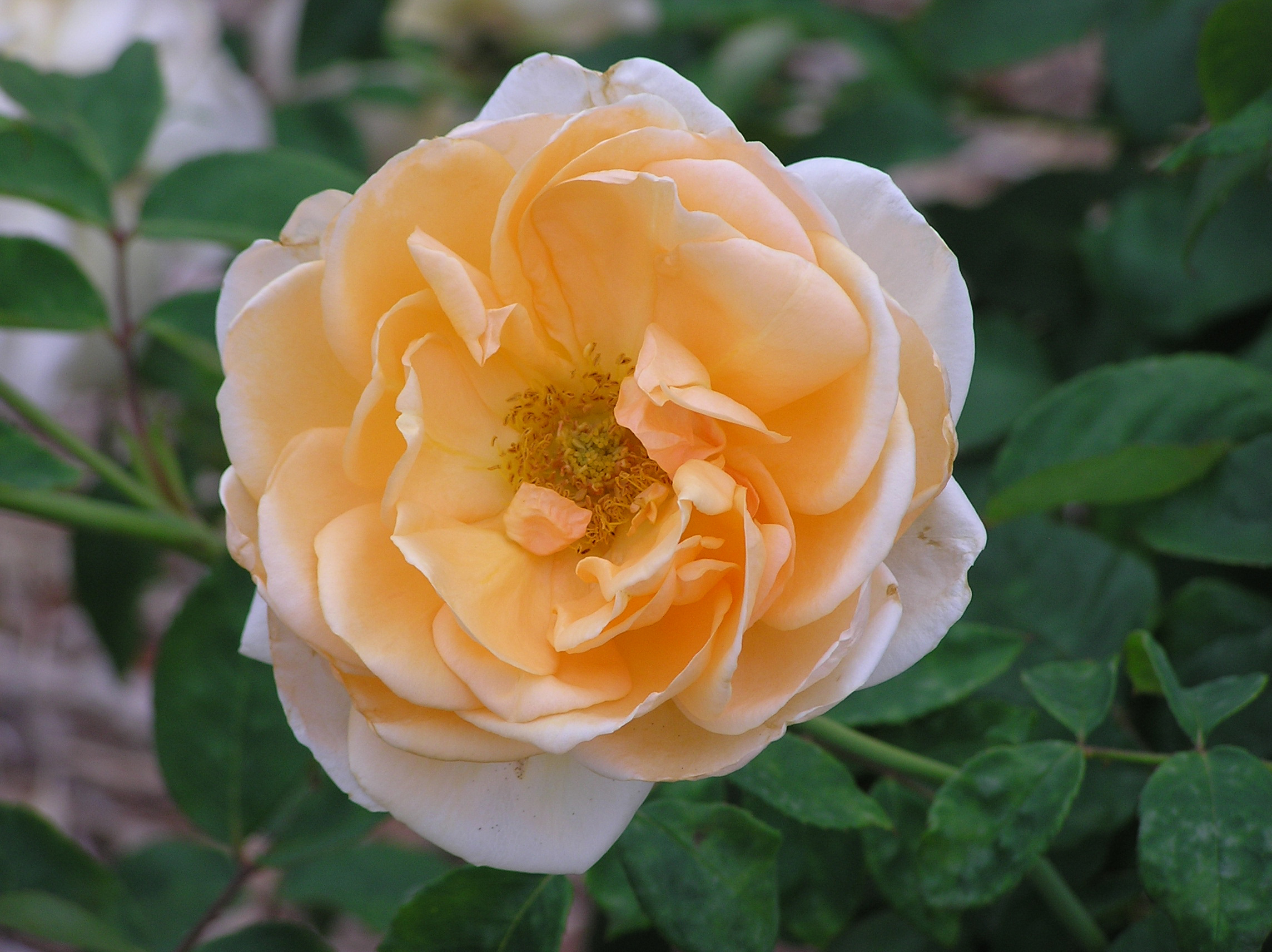
‘Lady Huntingfield’, Alister Clark, 1937
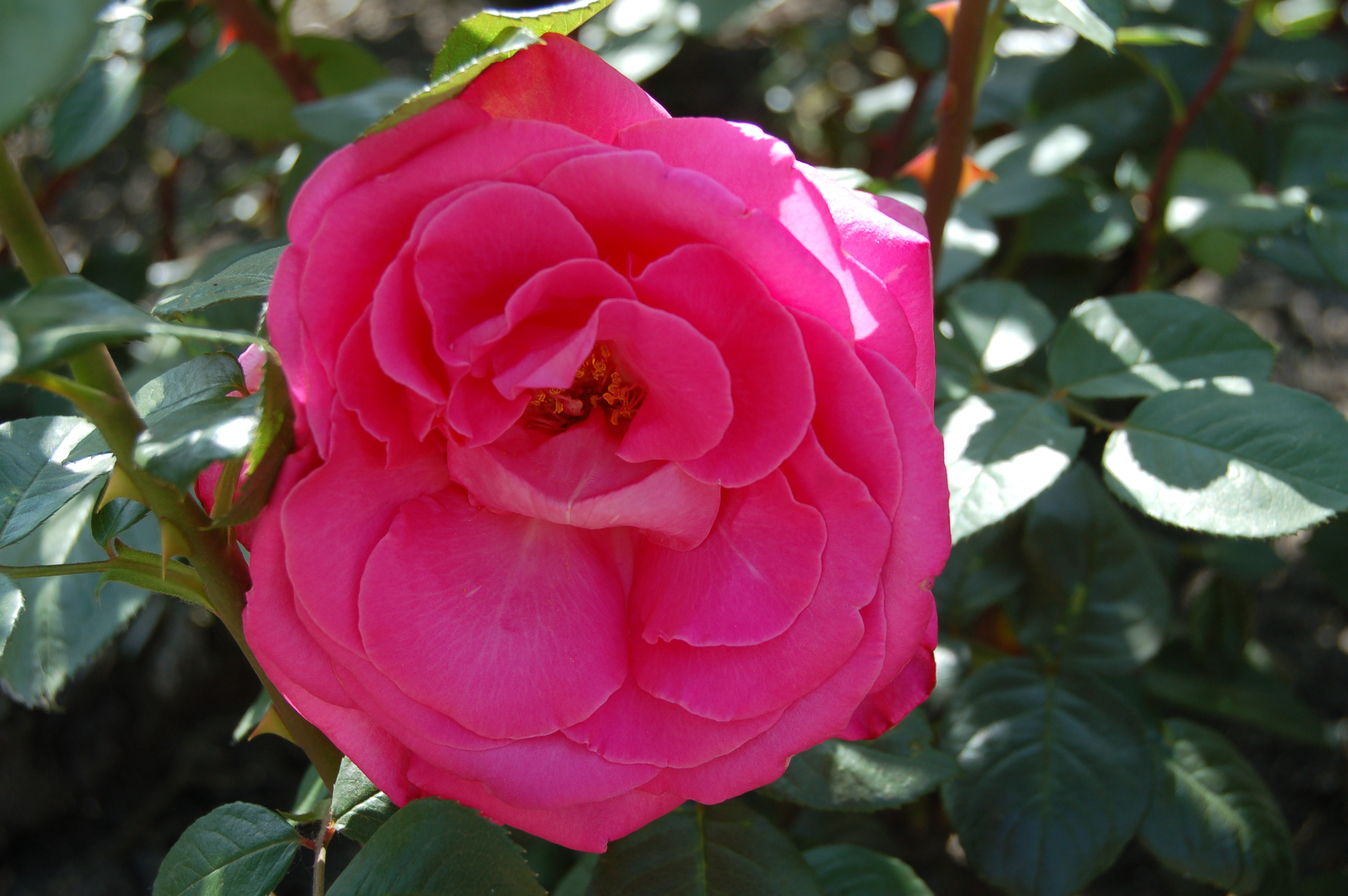
‘Lady Like’, Tantau, 1989
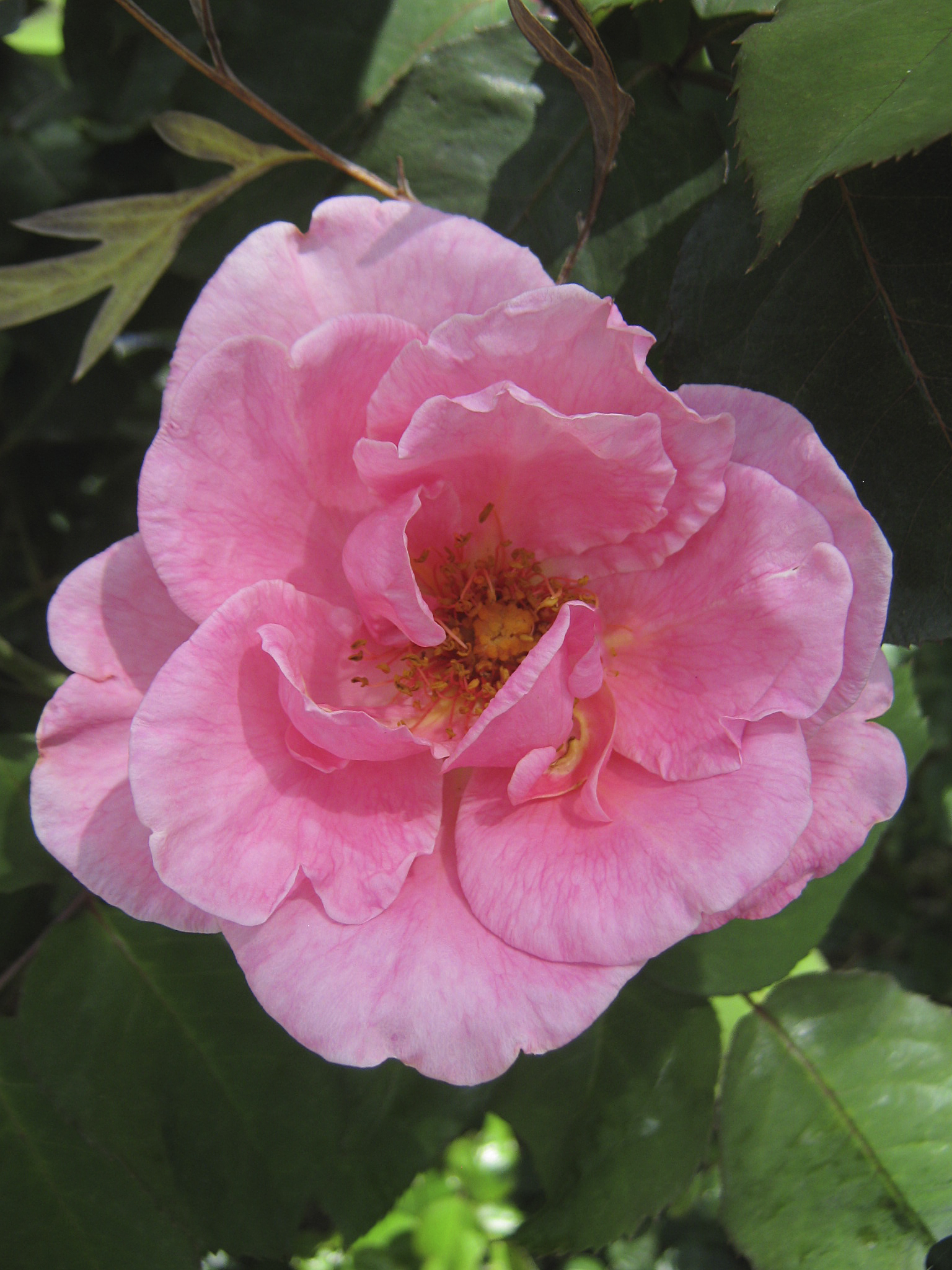
‘Lady Mann’, Alister Clark, 1940
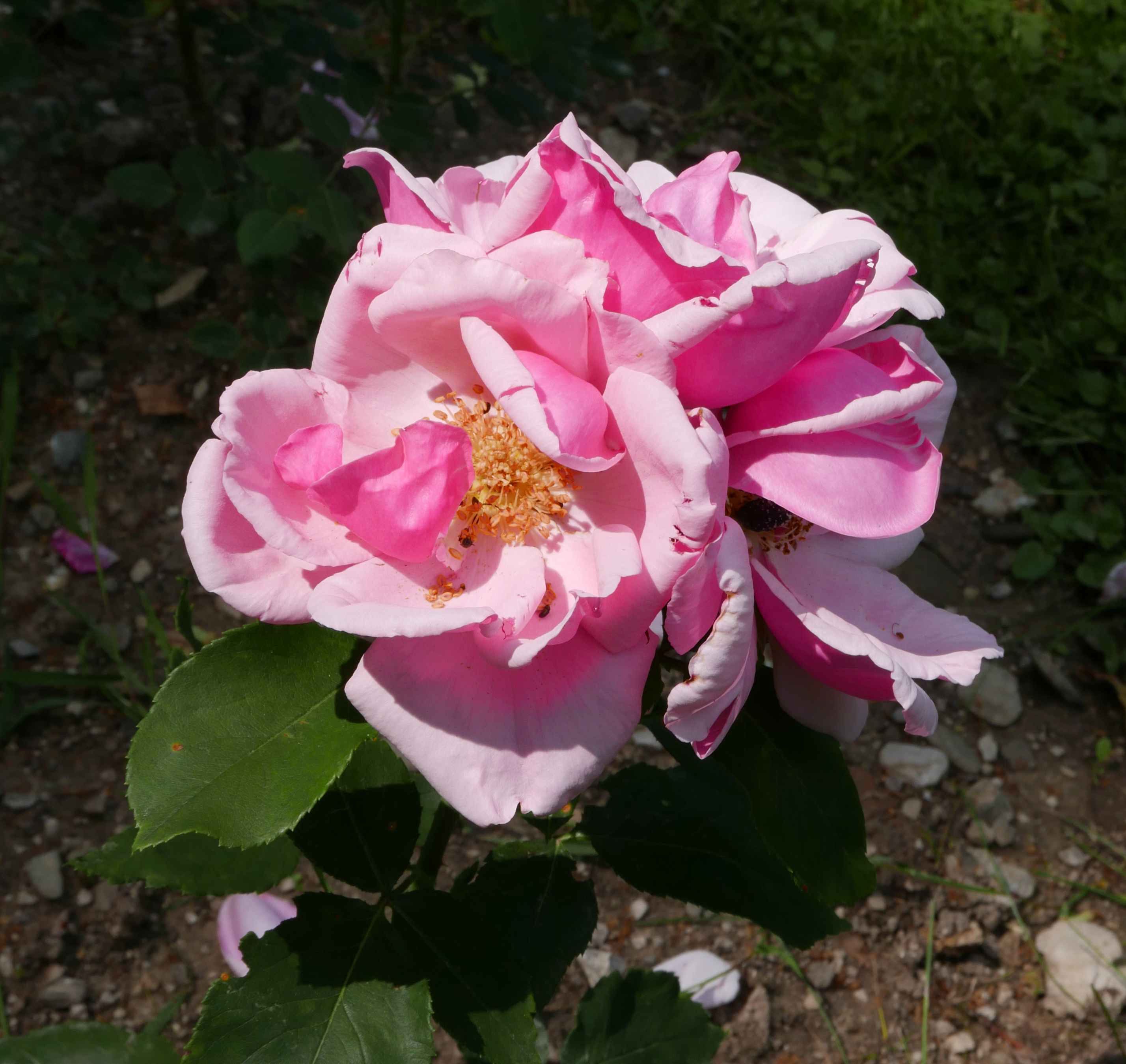
‘Lady Mary Fitzwilliam’, Bennett, 1880
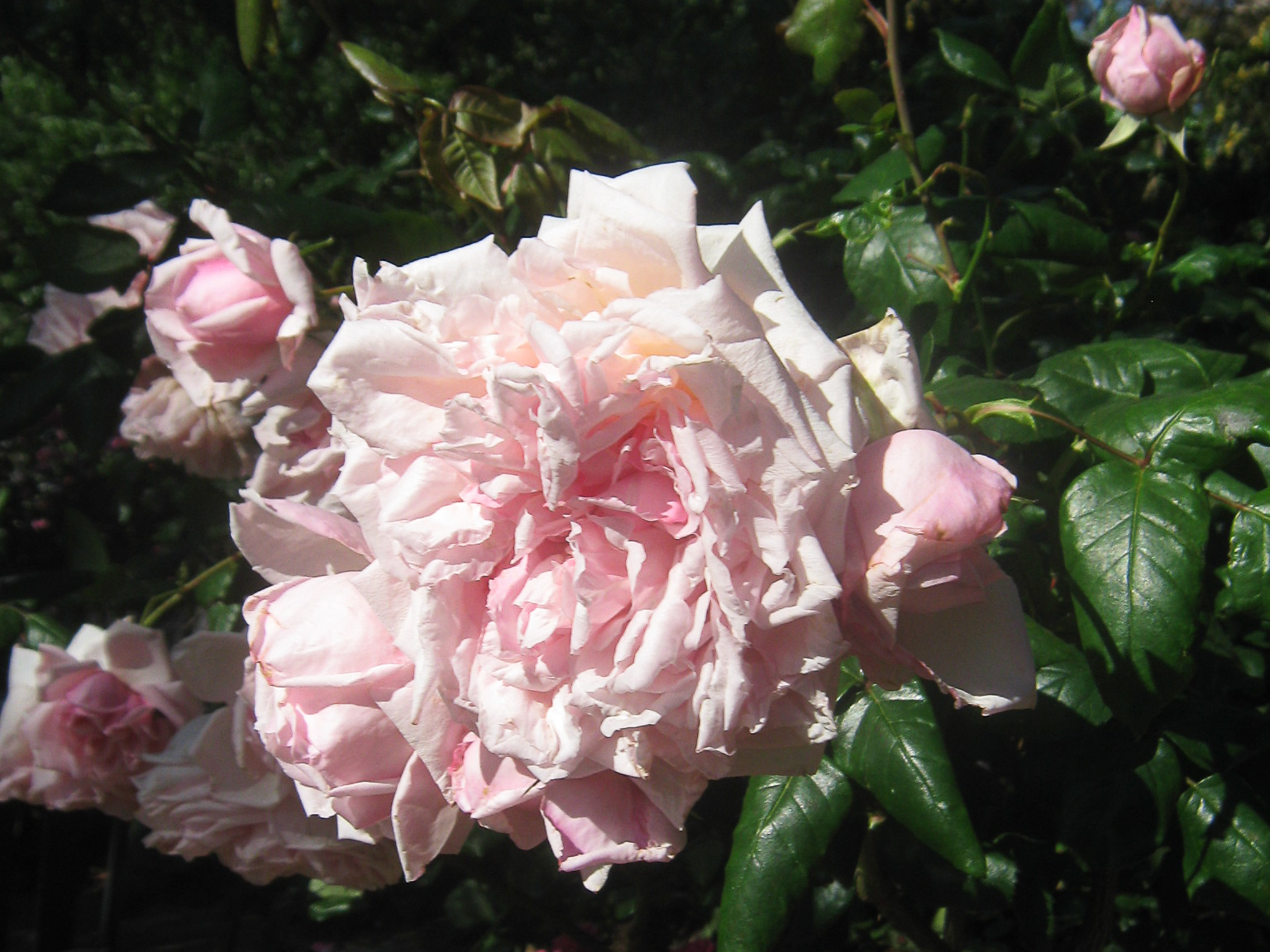
‘Lady Medalist’, Alister Clerk, 1912
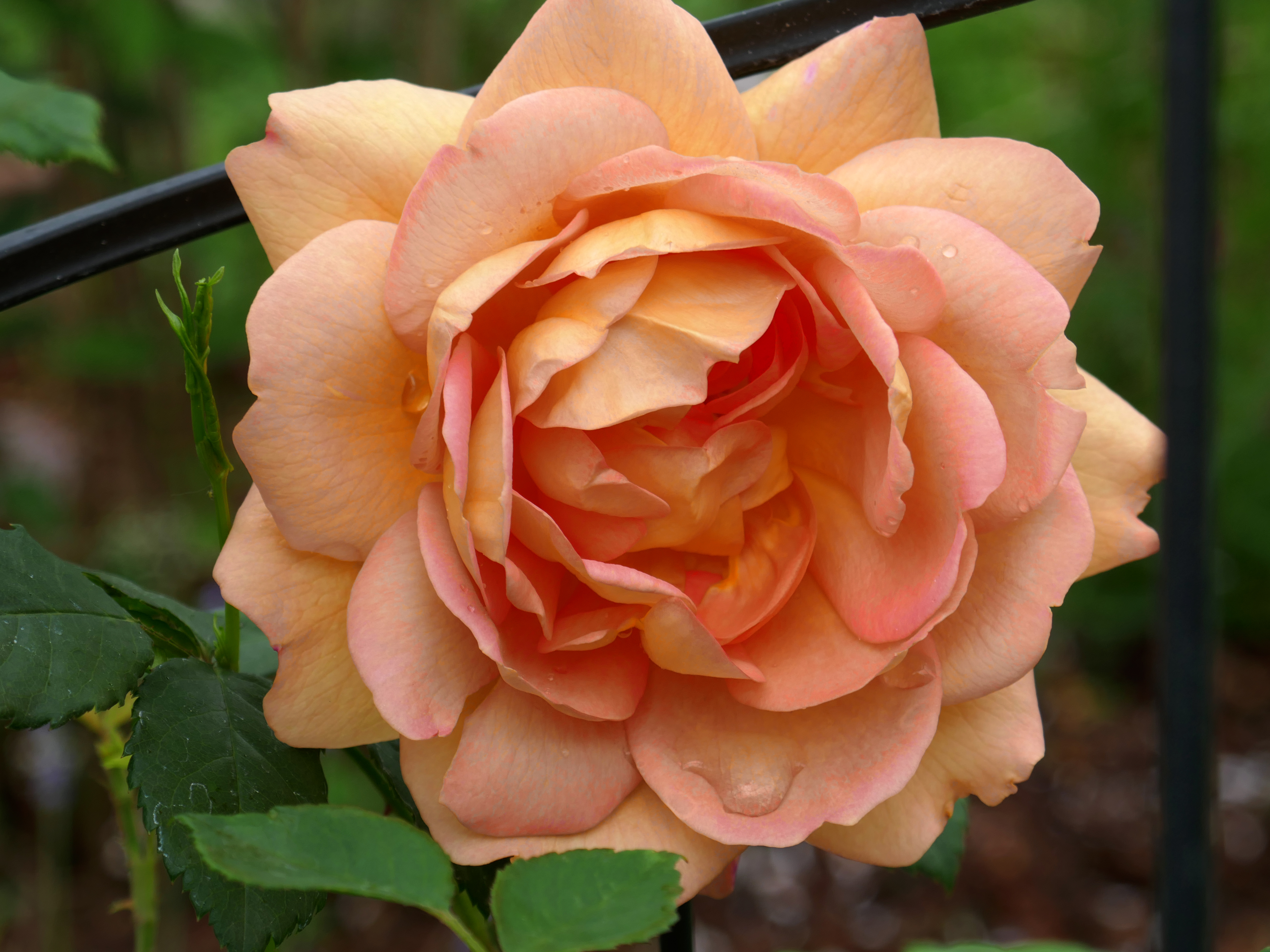
‘Lady of Shalott’, Austin, 2009
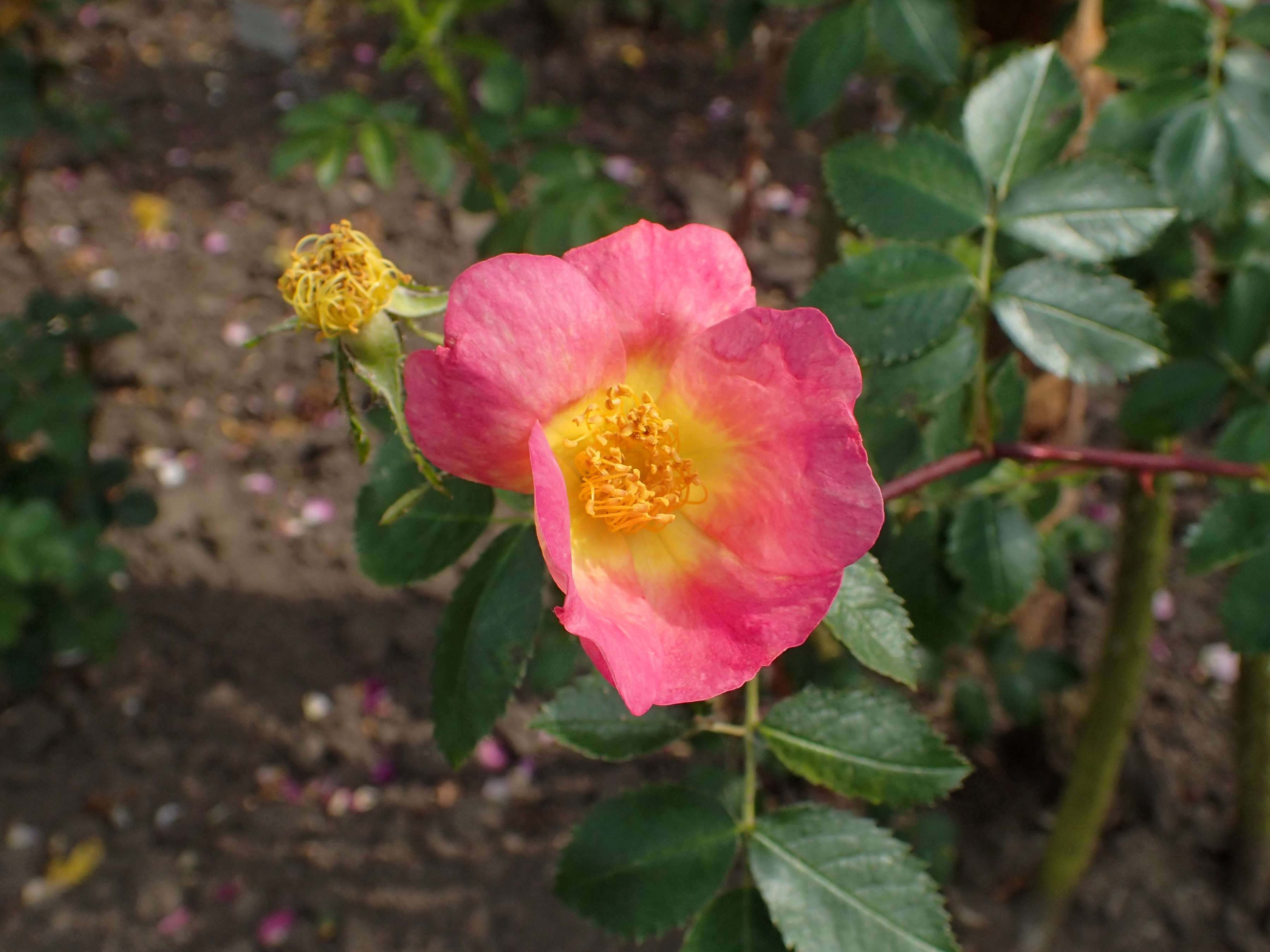
‘Lady Penzance’, Lord Penzance, 1894
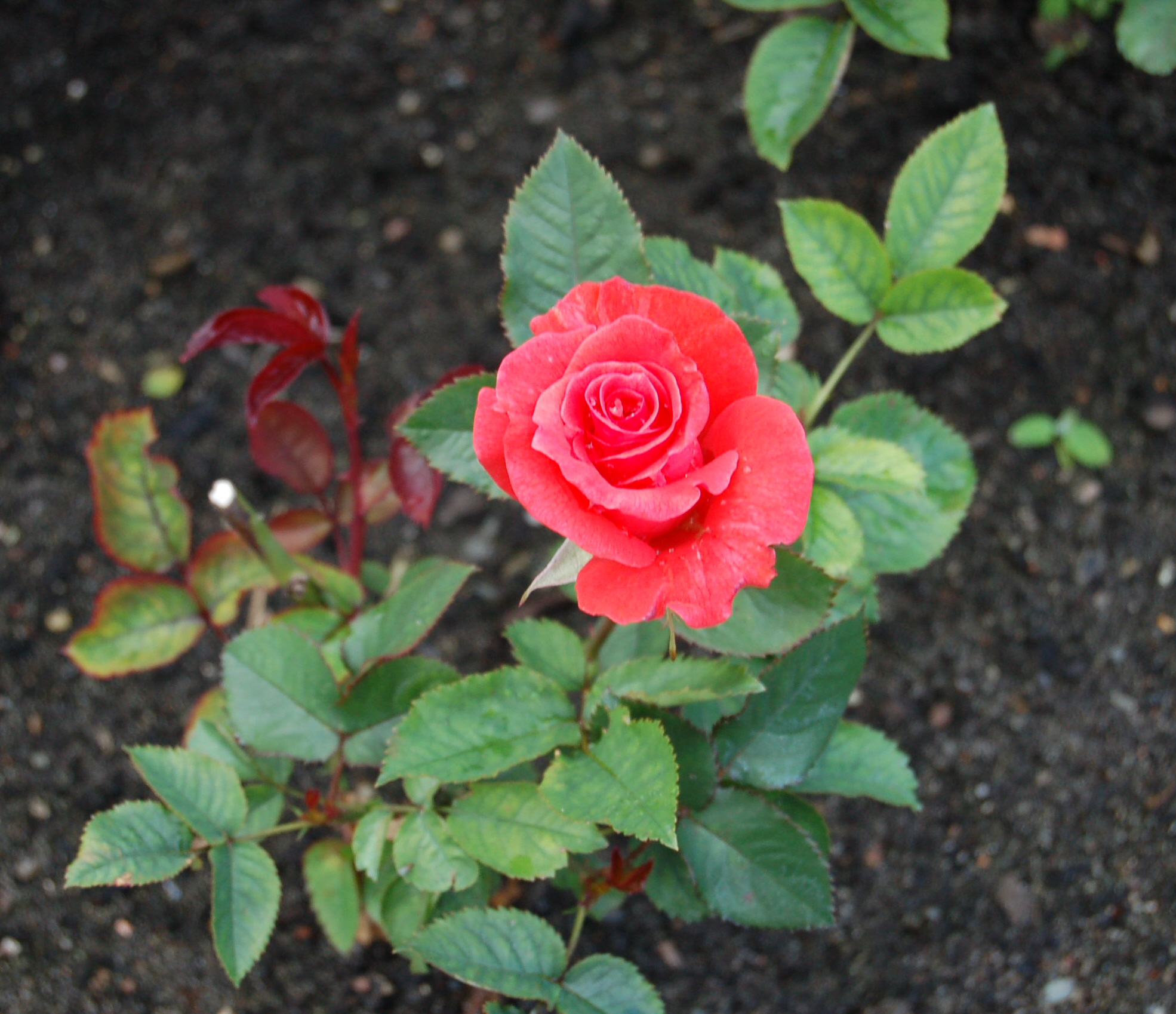
‘Lady Rose’, Kordes, 1979
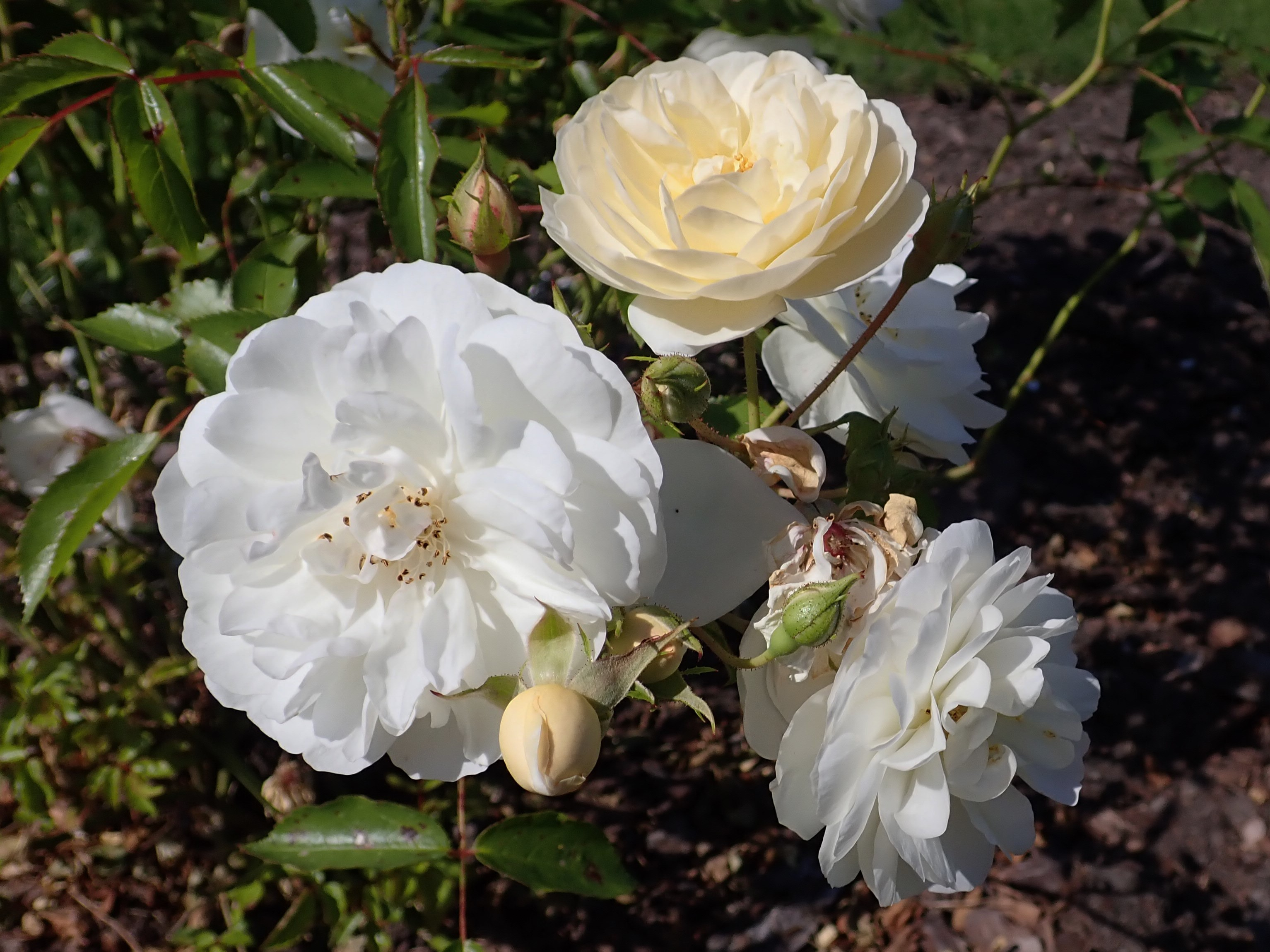
‘La Feuillerie’, Ann Velle Boudolf, 2011
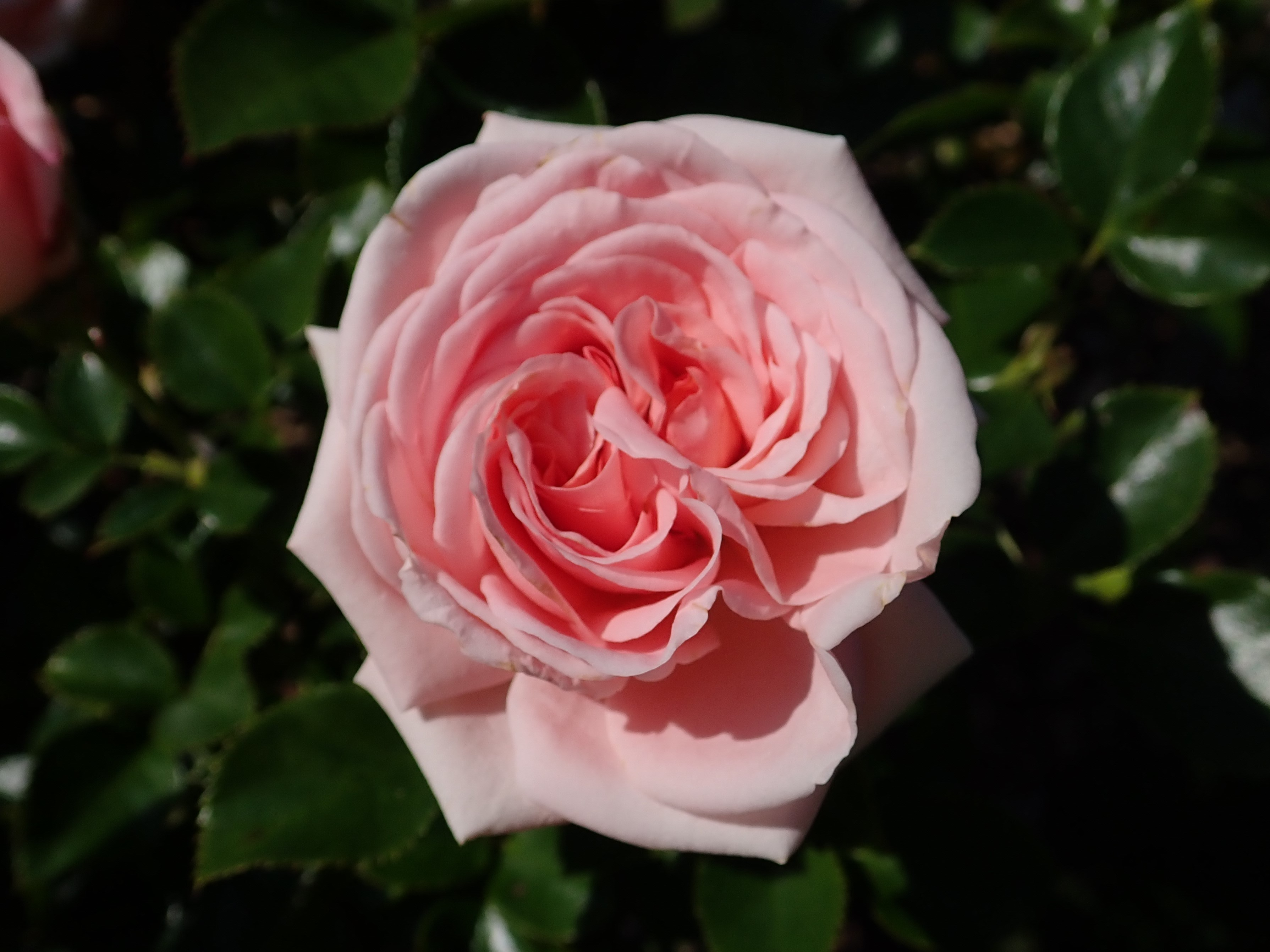
‘La Fontaine aux Perles’, Michel Adam, 1999
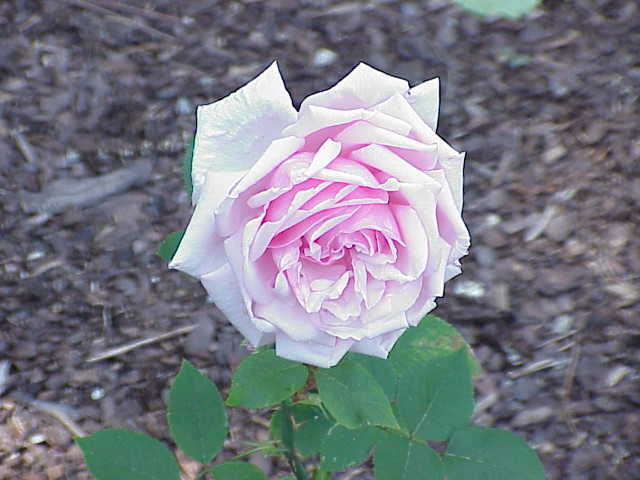
‘La France’, Guillot Fils, 1867
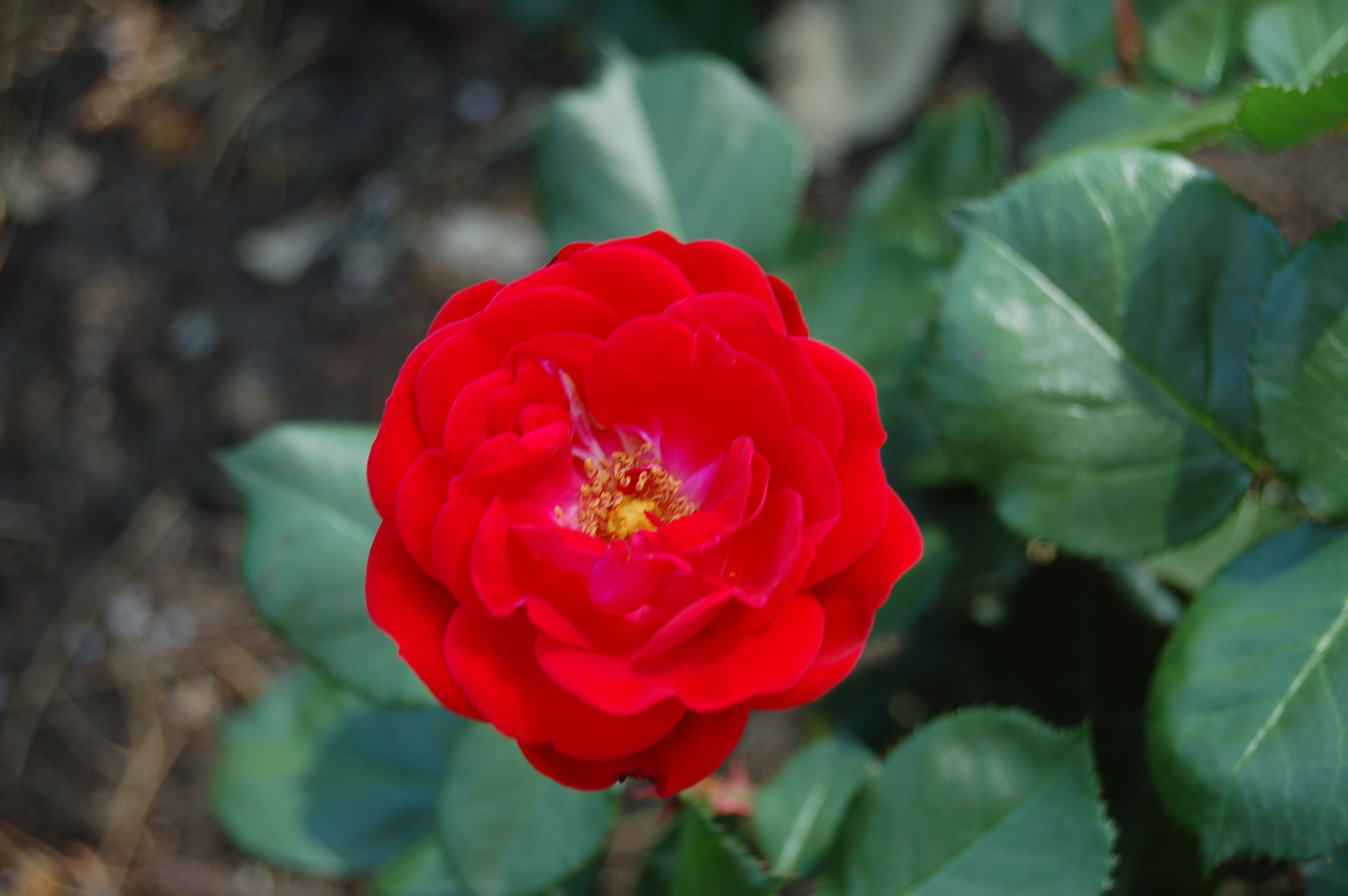
‘Lagerfeuer’, M. Tantau jun., 1952
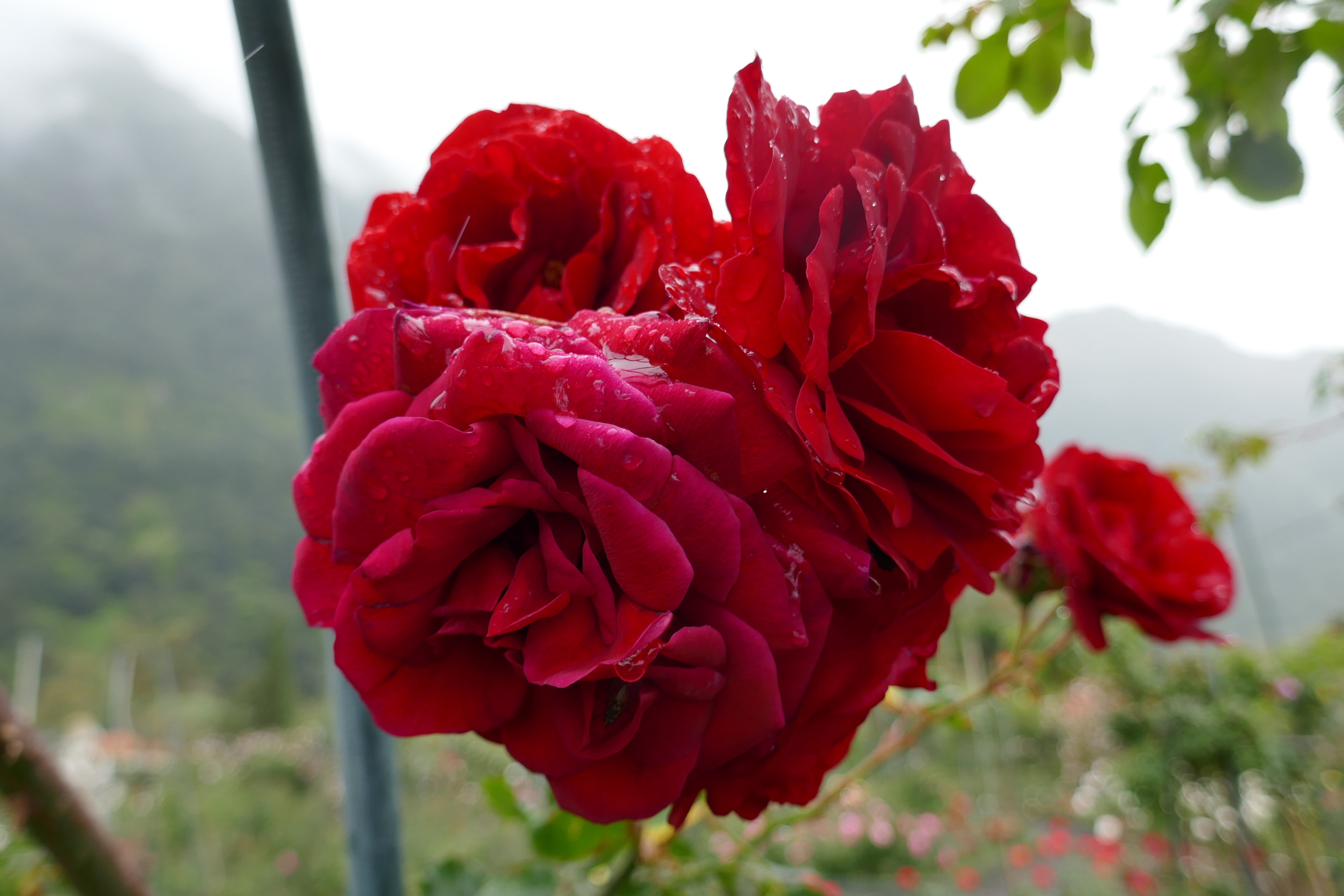
‘Lagoa’, Albuquerque, 2005
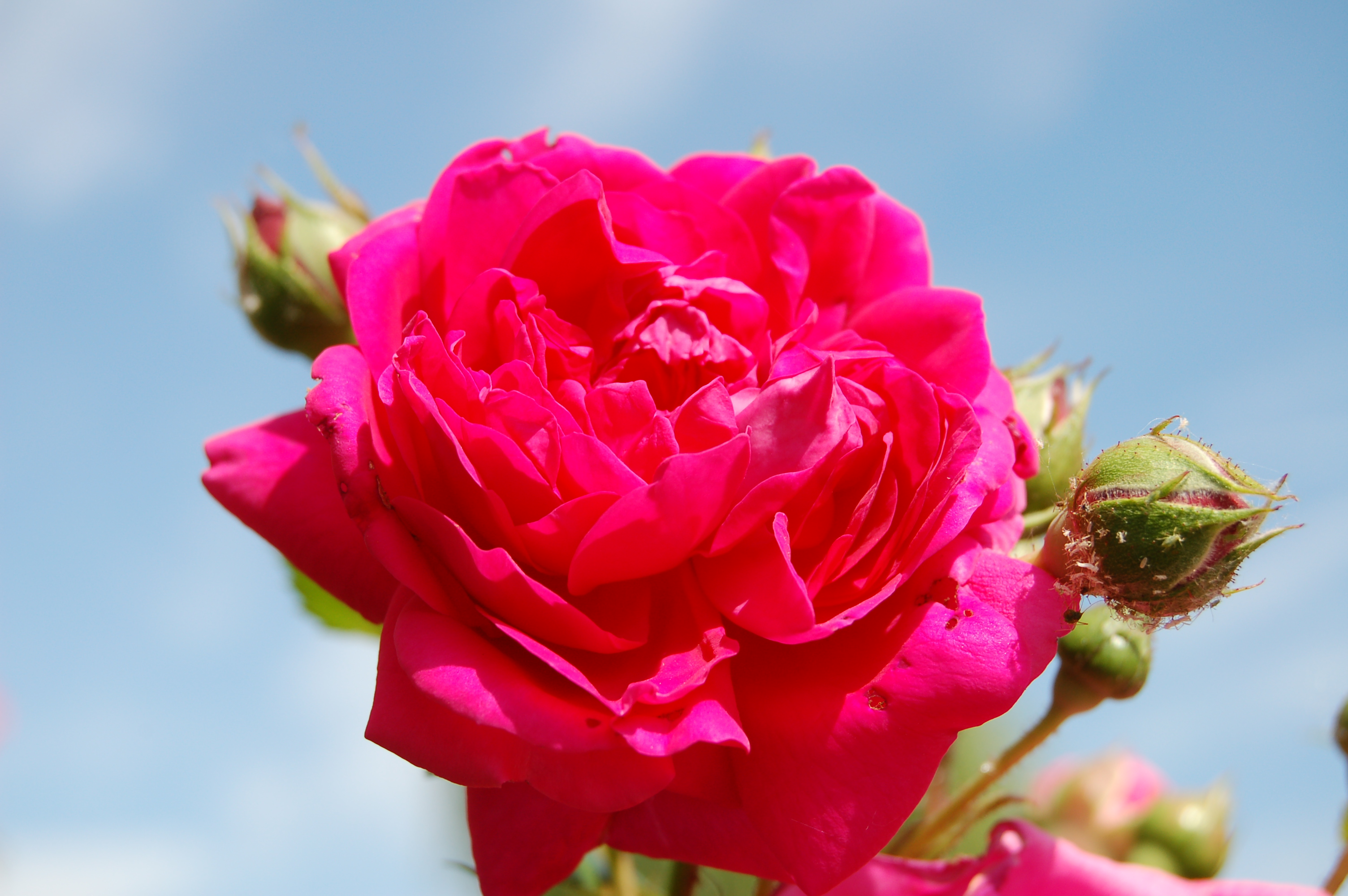
‘Laguna’, Kordes, 2005
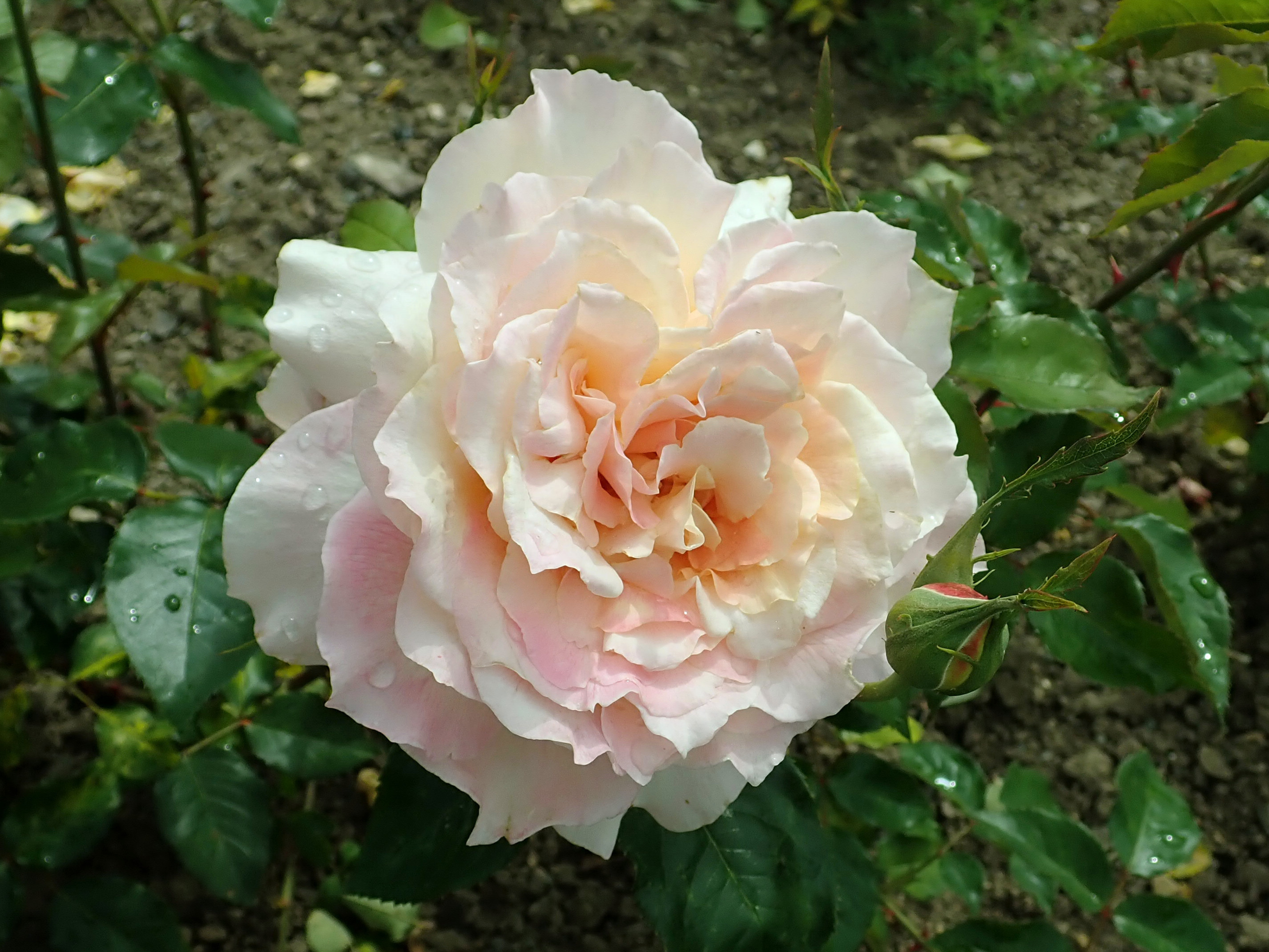
‘La Jolla’, Swim/Armstrong, 1954
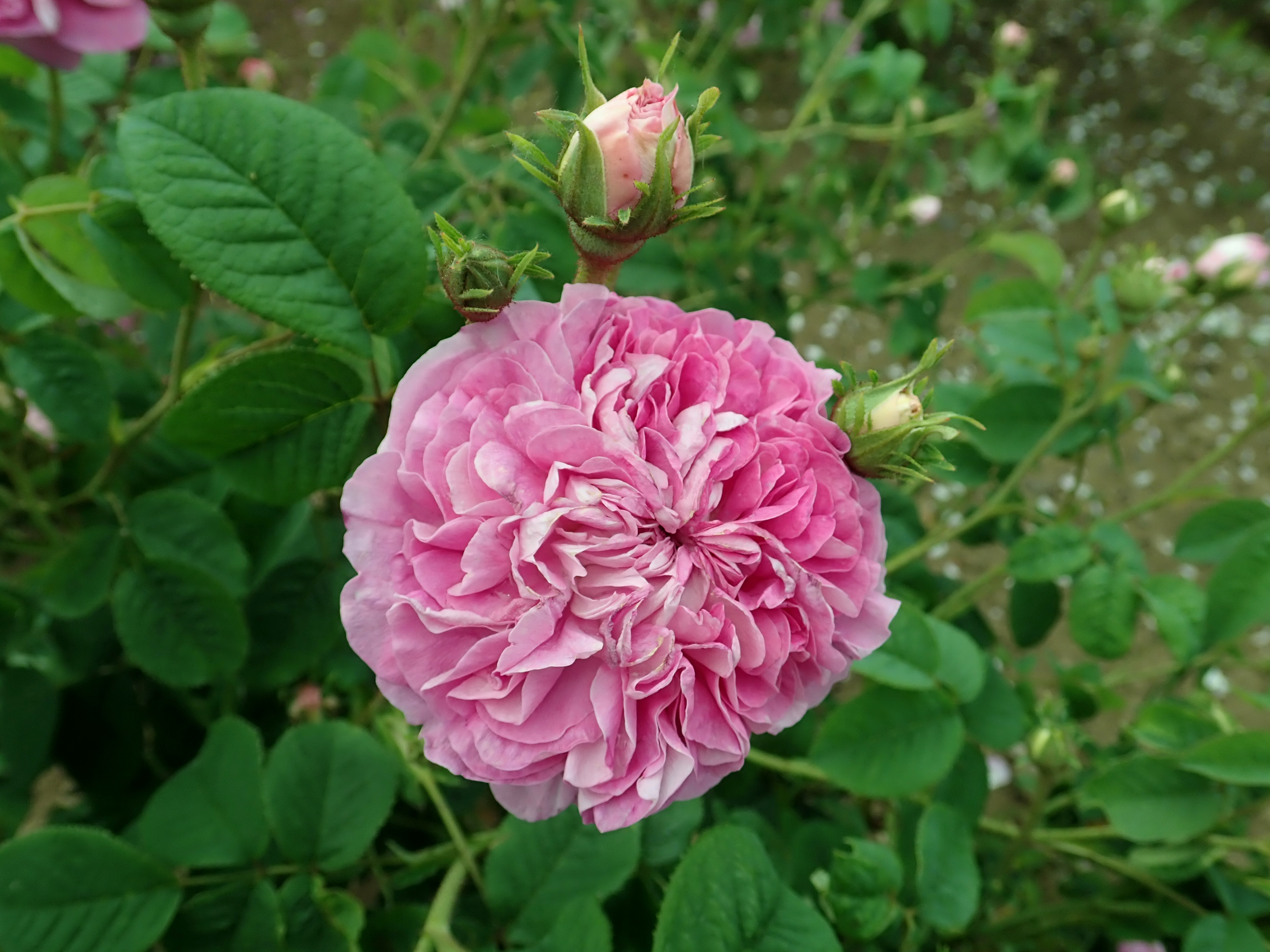
‘La Maculée’, André Dupont, vor 1810
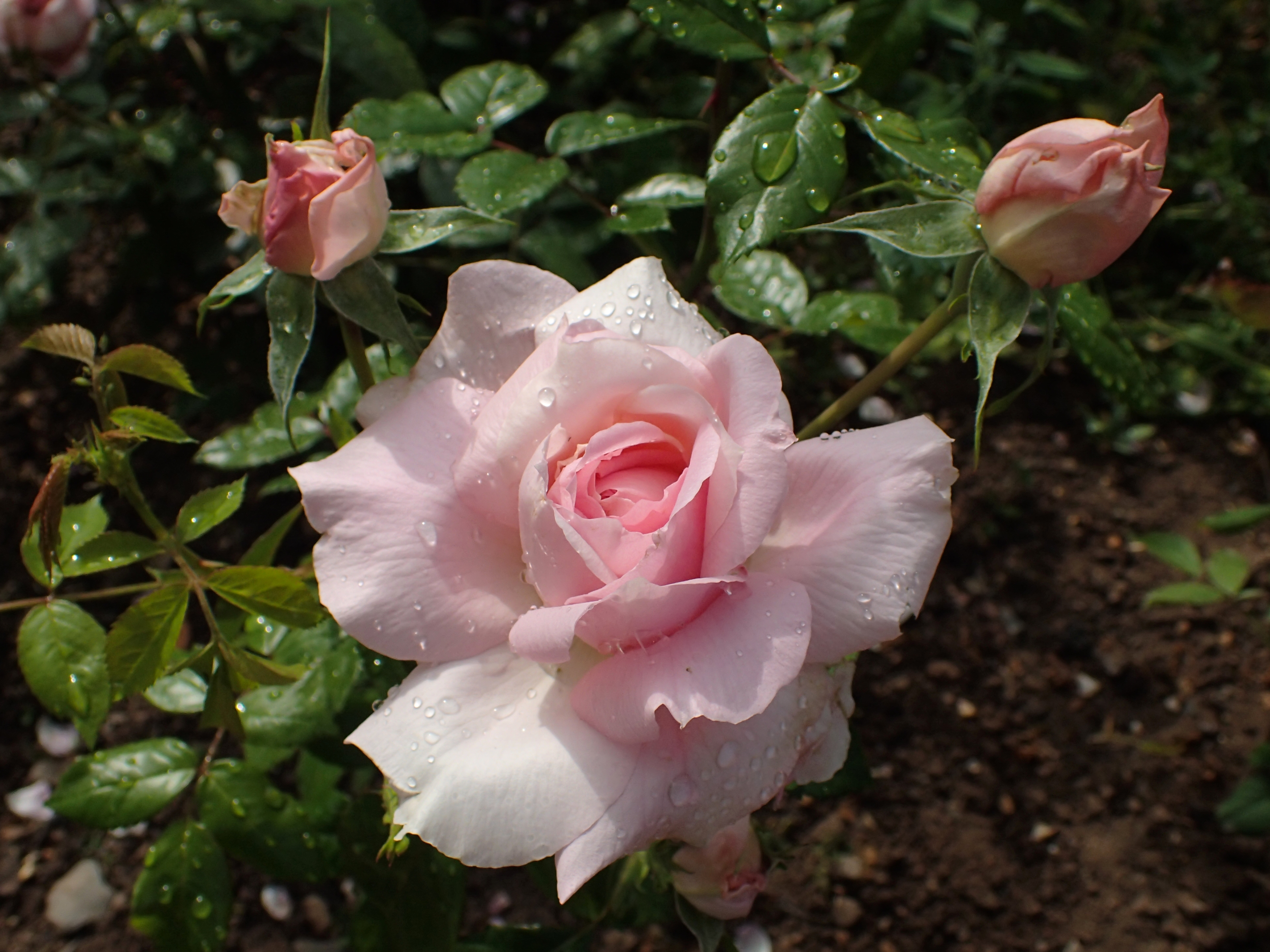
‘Lambert Closse’, Ogilvie/Svejda, 1983
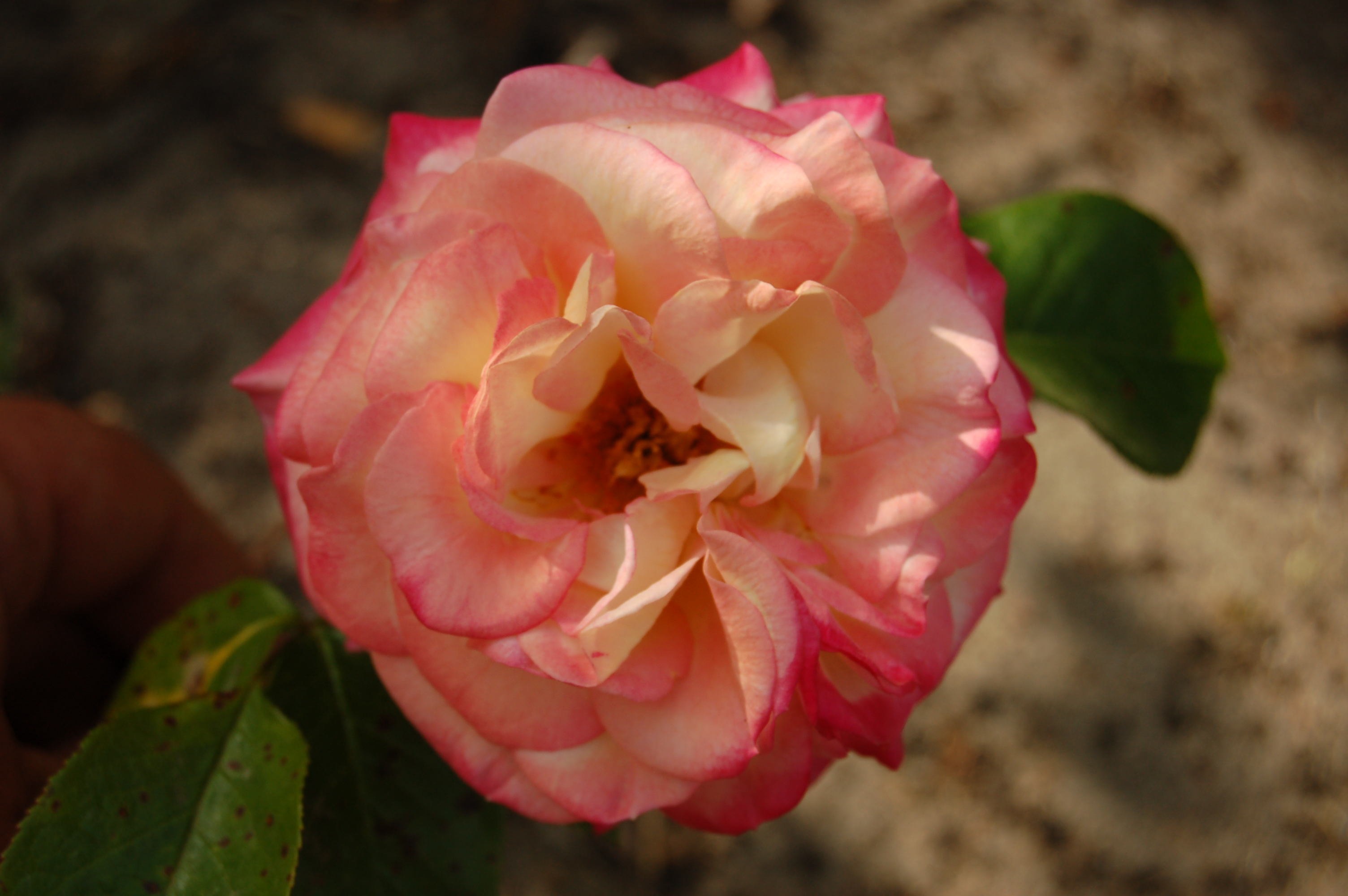
‘Laminuette’, Lammerts, 1972
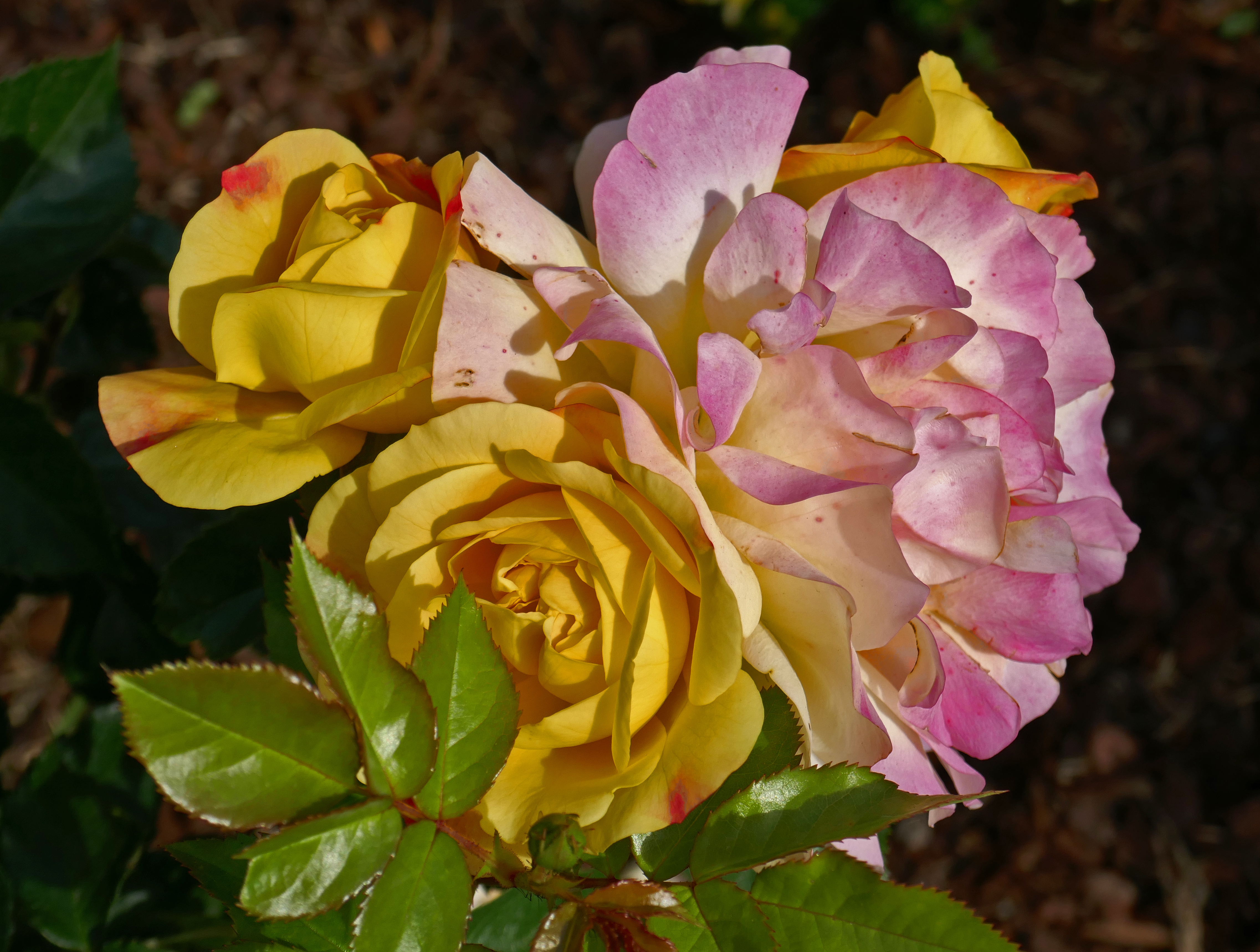
‘Lampion’, Tantau, 2006
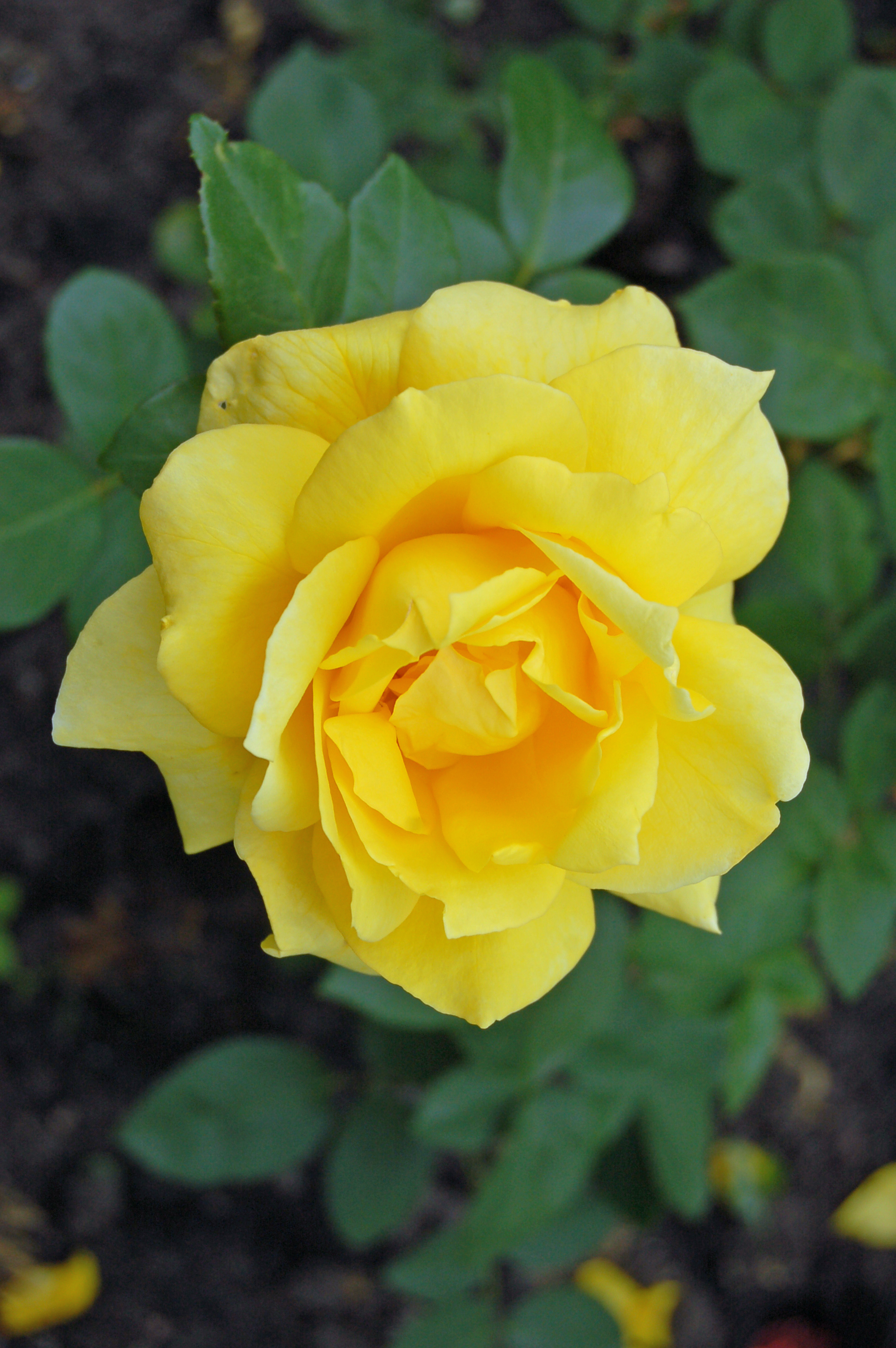
‘Landora’, M. Tantau jun., 1970
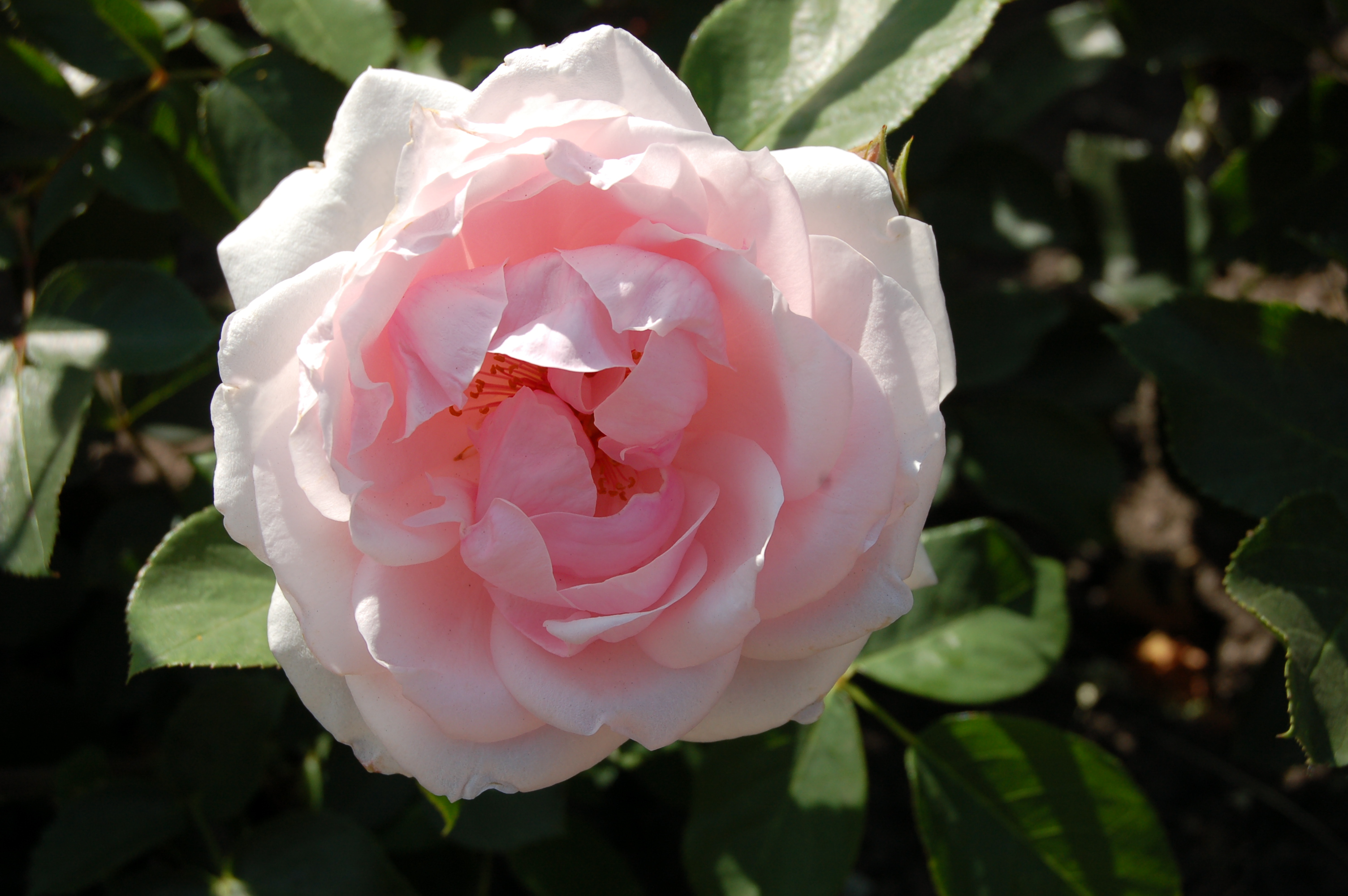
‘La Nina’, Meilland, 2004
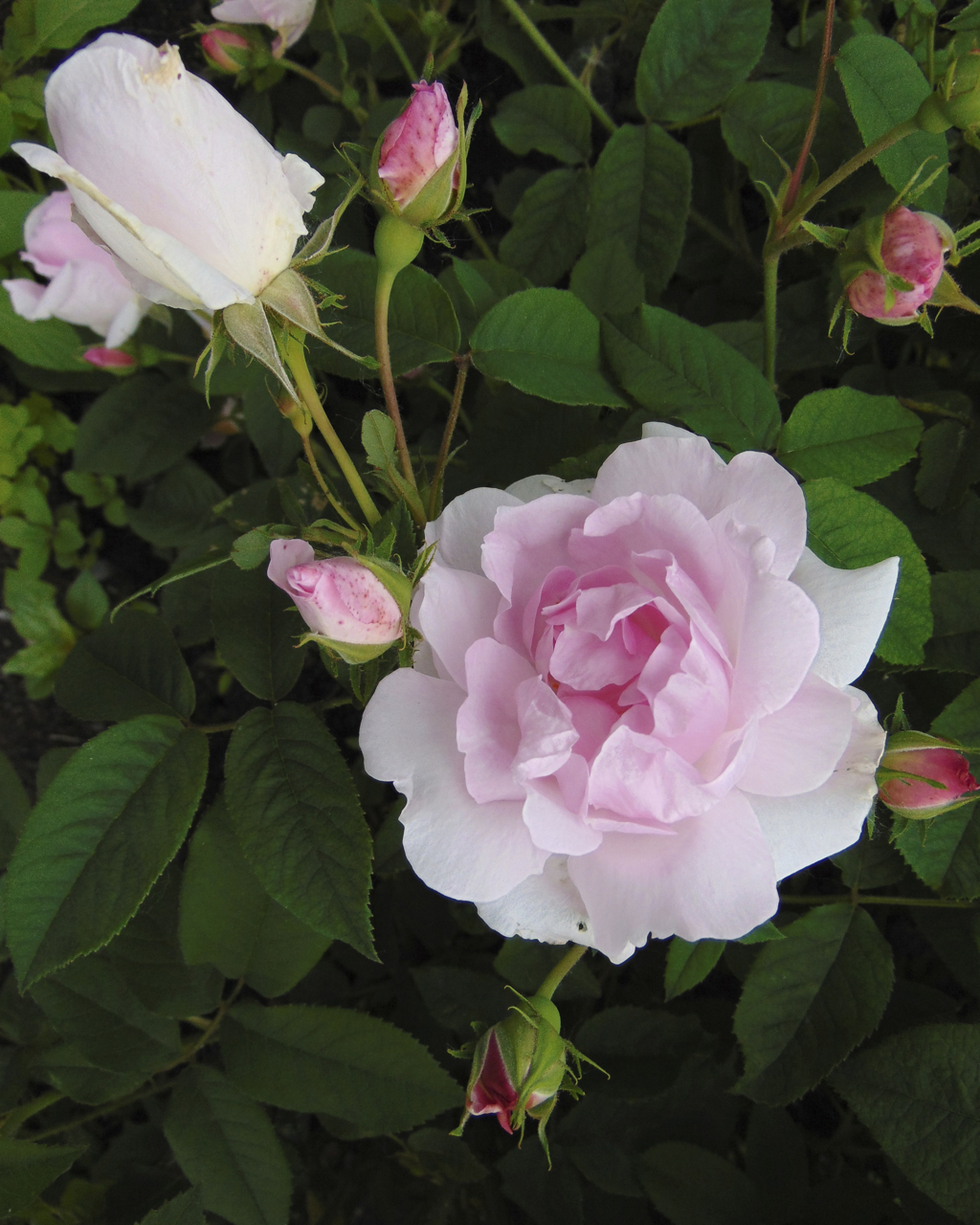
‘La Noblesse’, Pastoret/Soupert & Notting, vor 1856
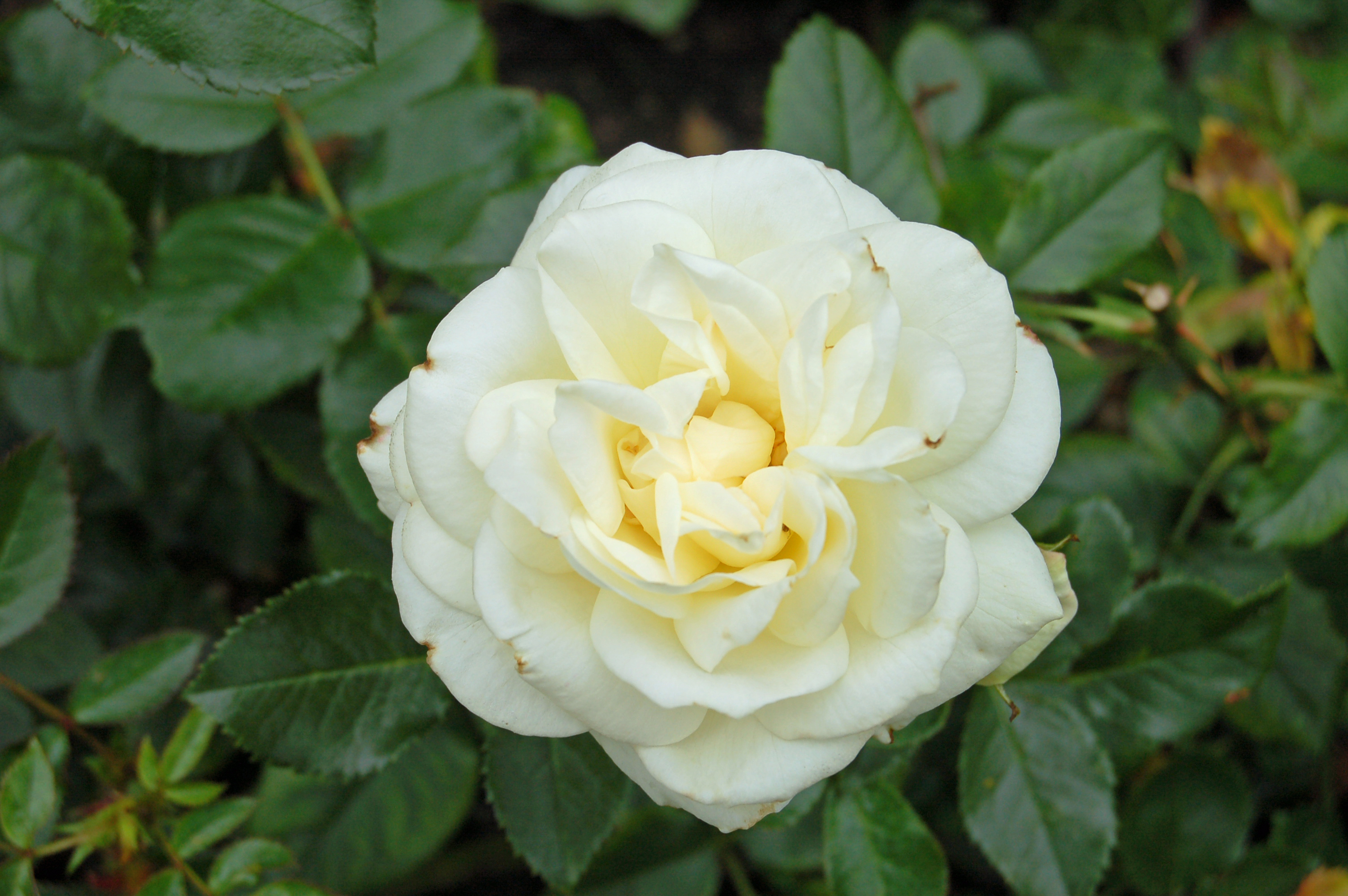
‘La Paloma’, Evers/Tantau, 1985
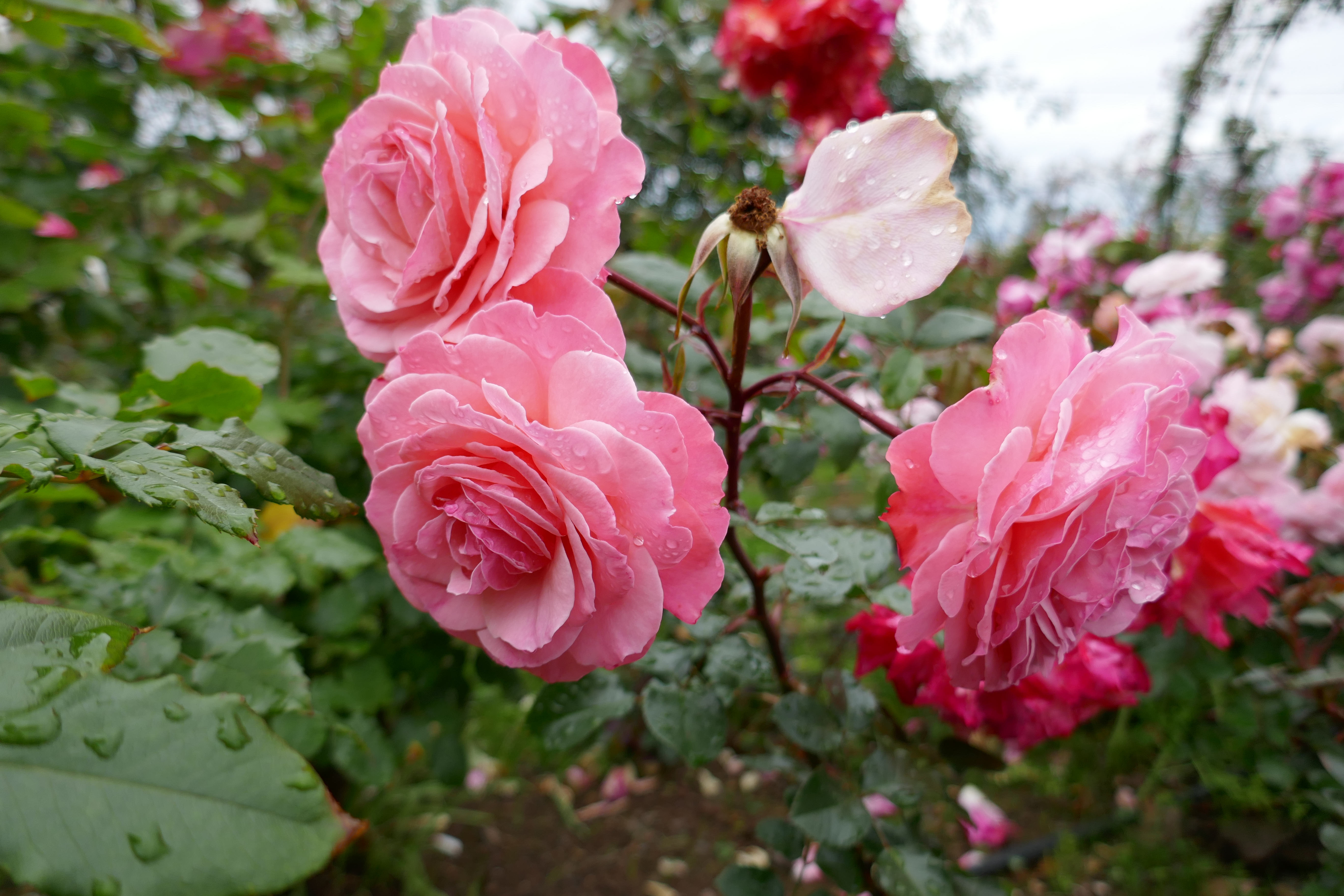
‘La Passionata’, Delbard, 1997
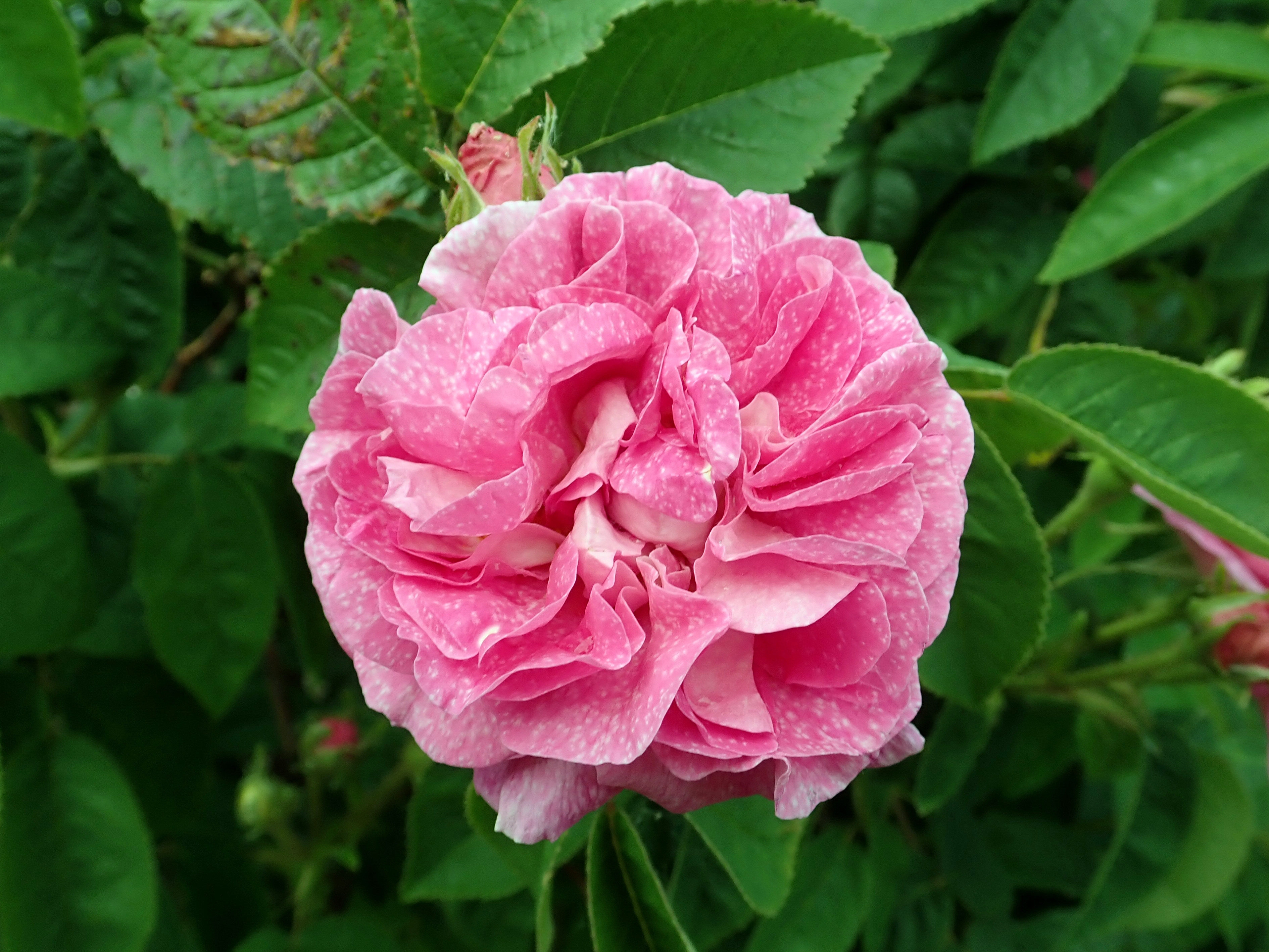
‘La Plus Belle des Ponctuees’, ?, vor 1926
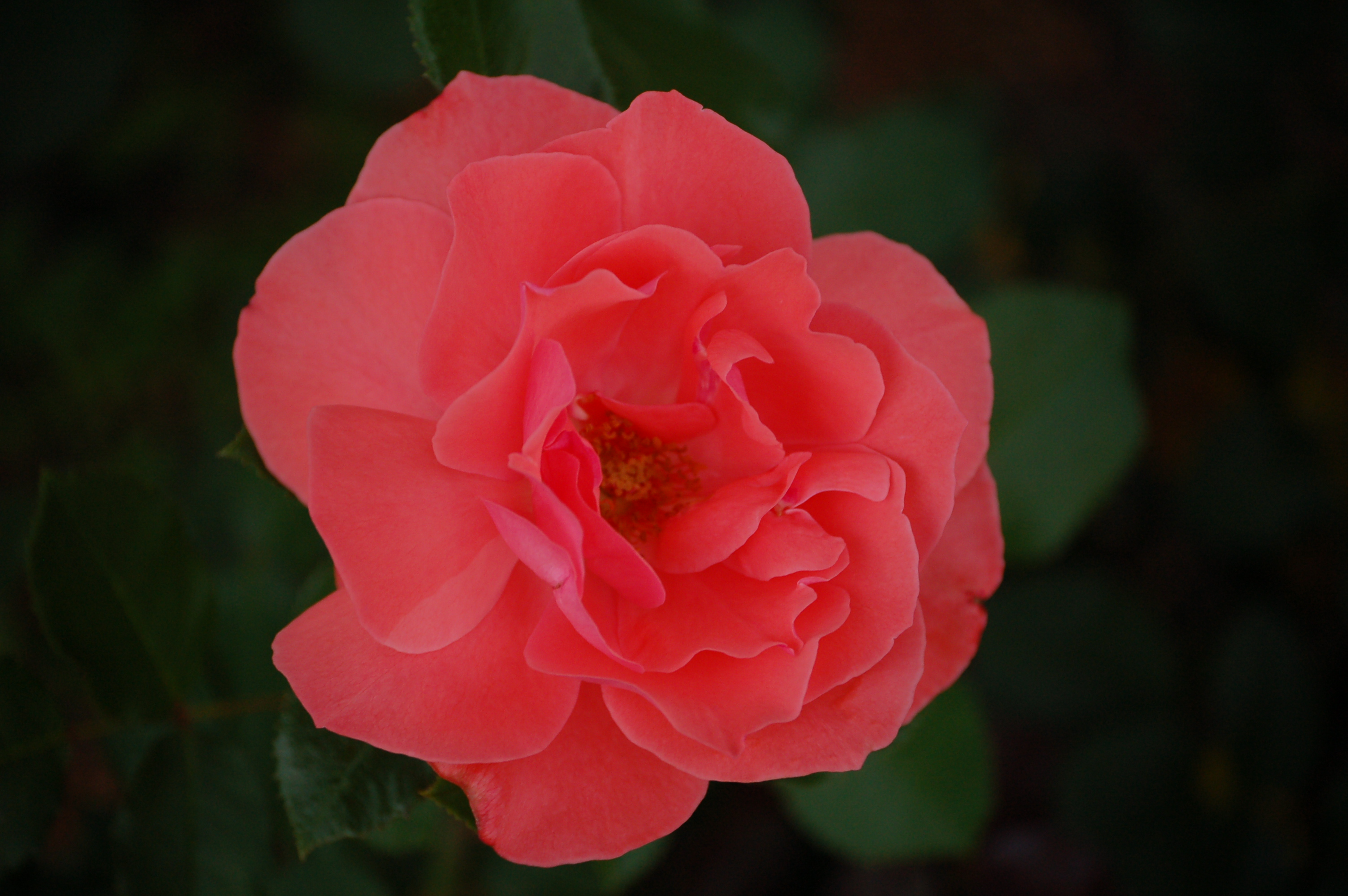
‘Lapponia’, M. Tantau jun., 1979
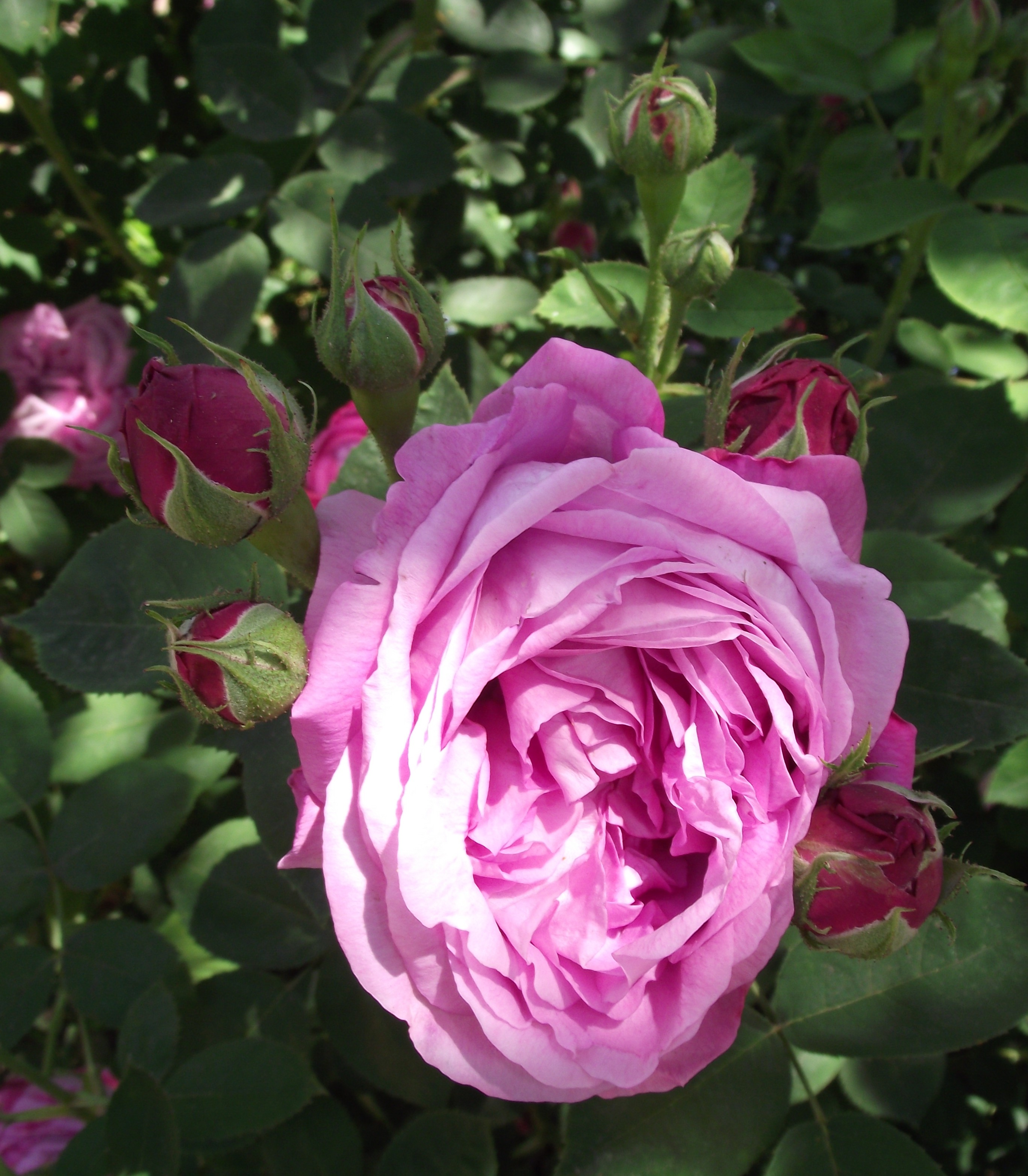
‘La Reine’, Laffay, 1842
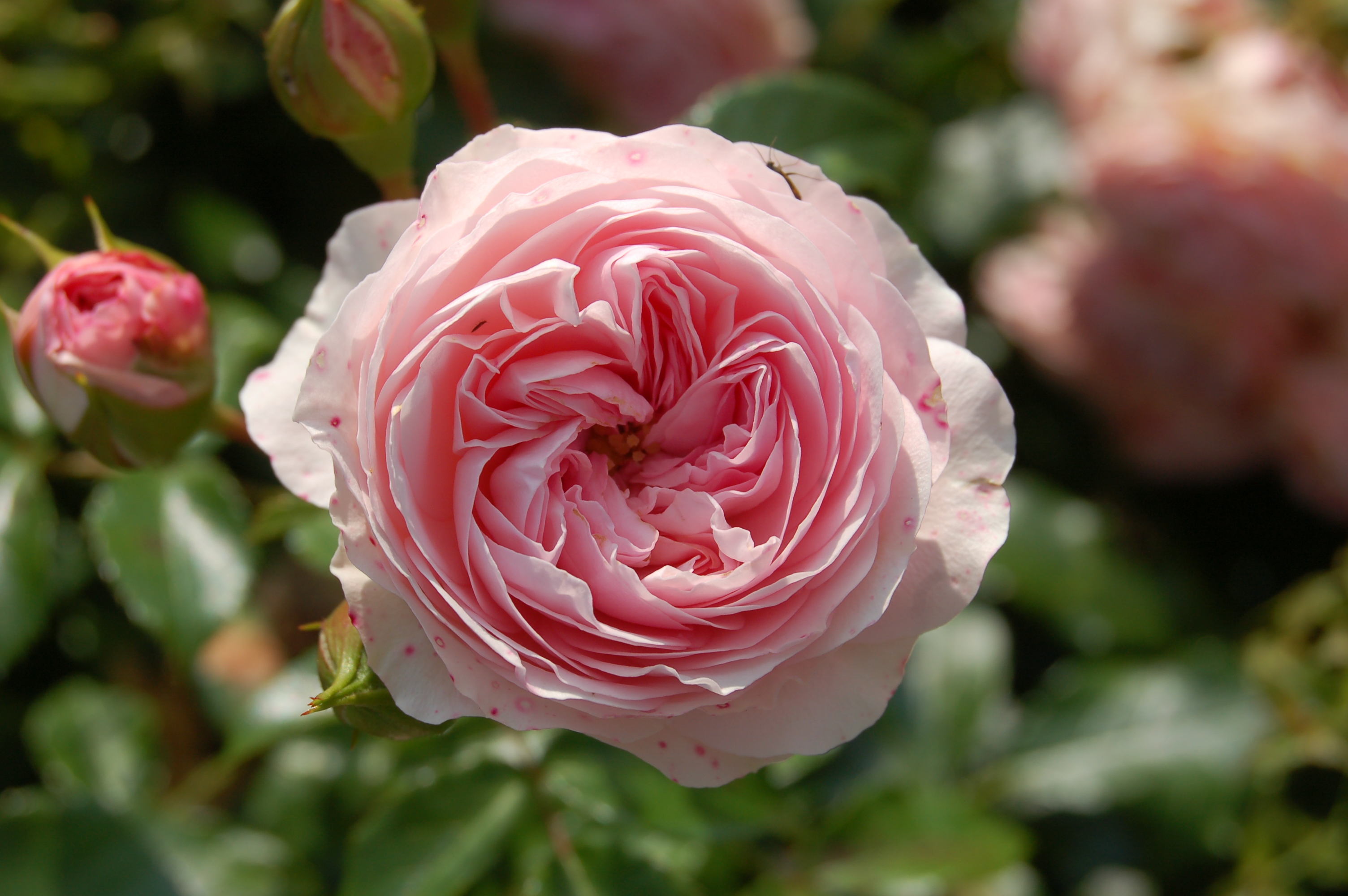
‘Larissa’, Kordes, 2008
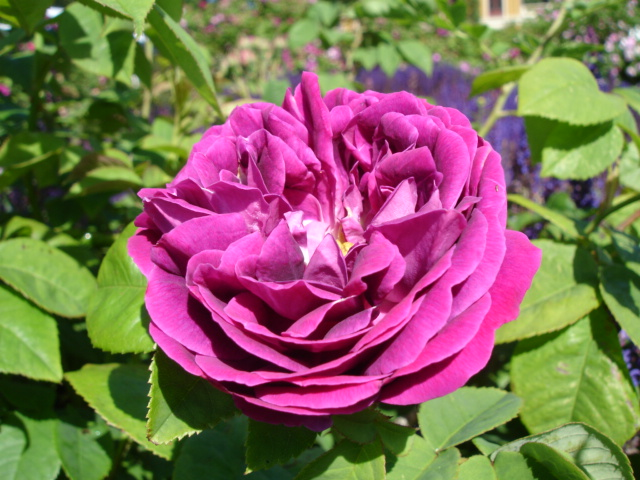
‘Las Casas’, Vibert, 1828
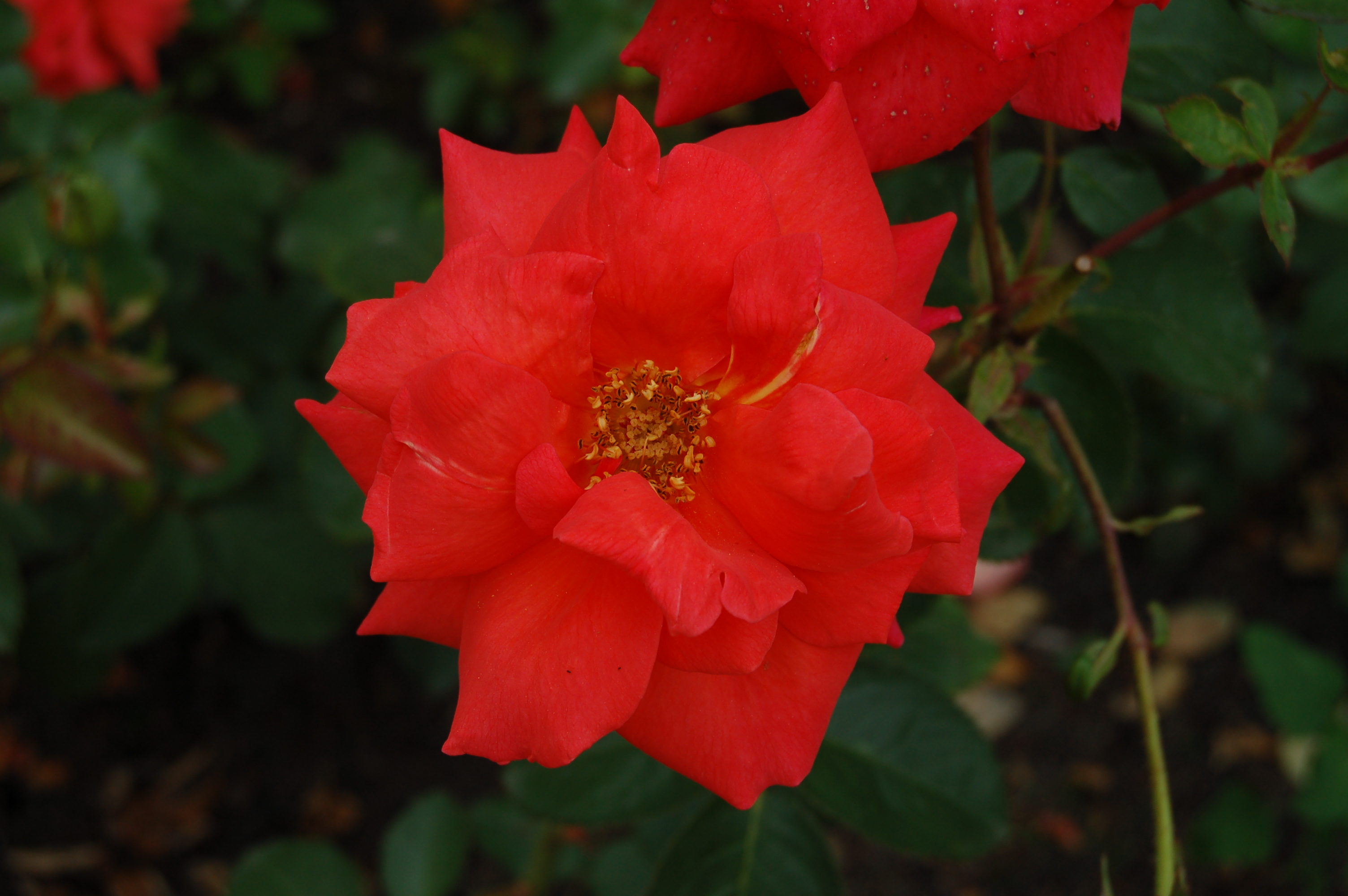
‘Las Vegas’, Kordes, Kordes, 1981
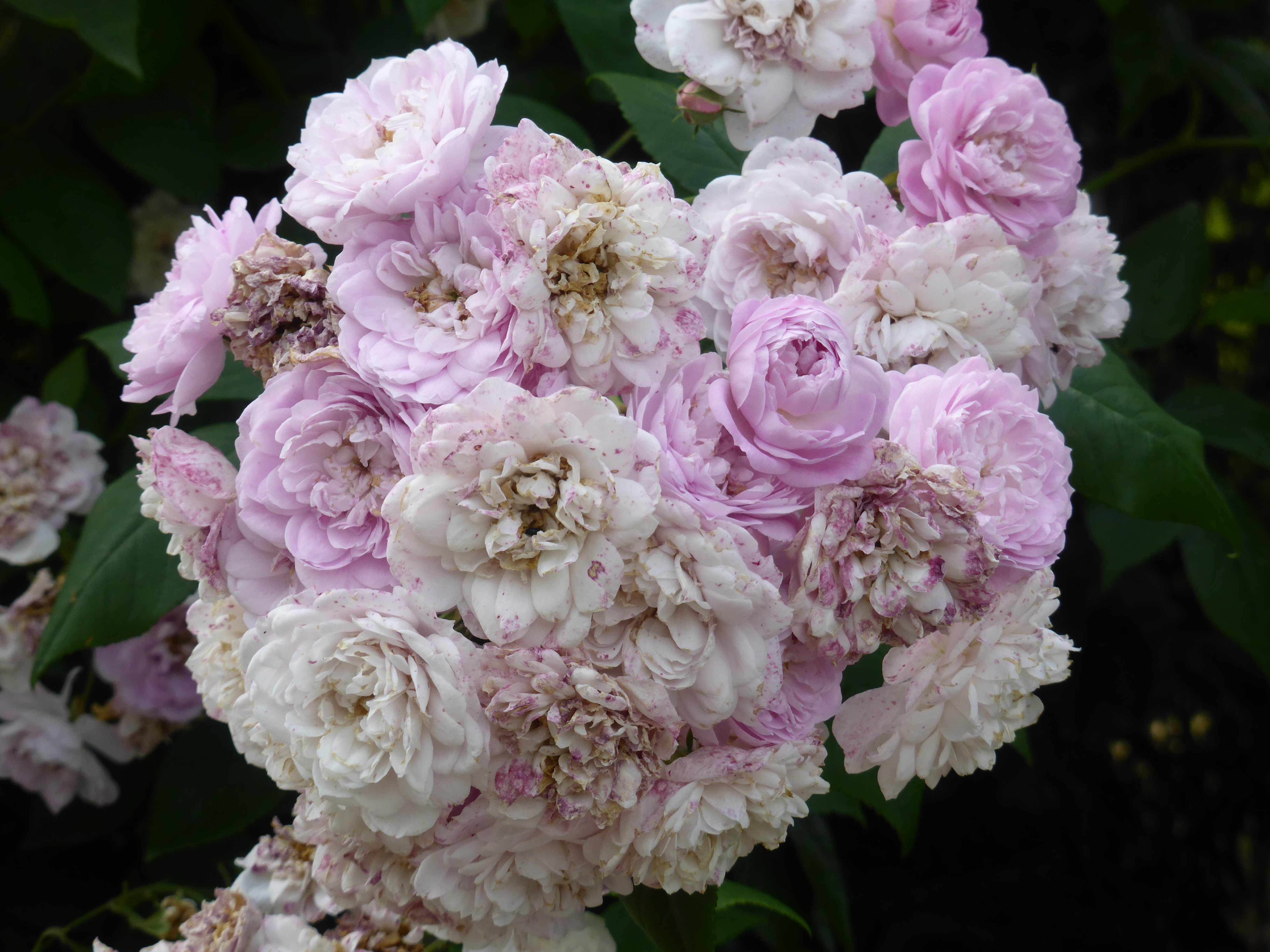
‘Laure Davoust’, Laffay, 1834
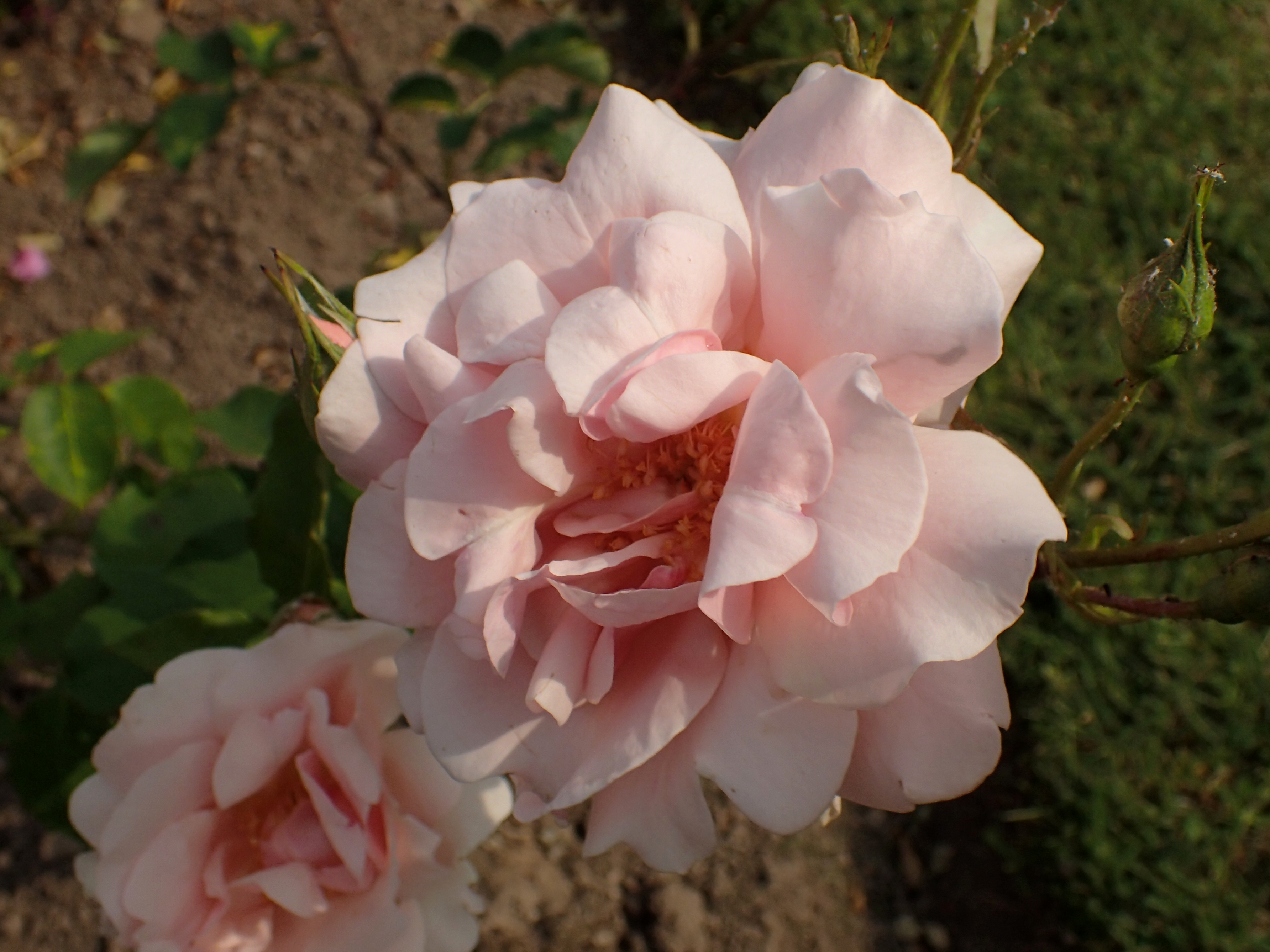
‘Lausitz’, Walter Berger, 1959
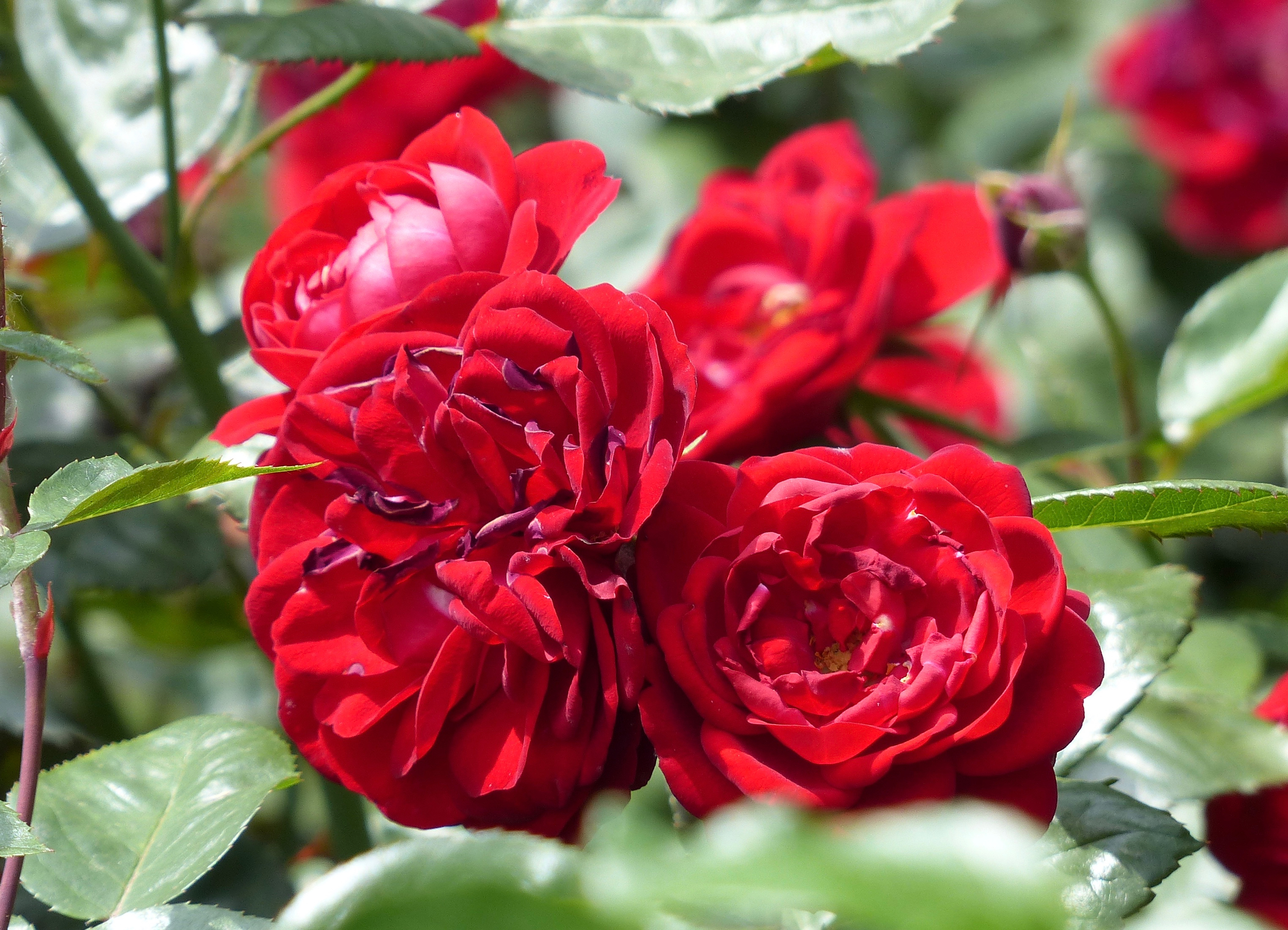
‘Lavaglut’, Kordes, 1978
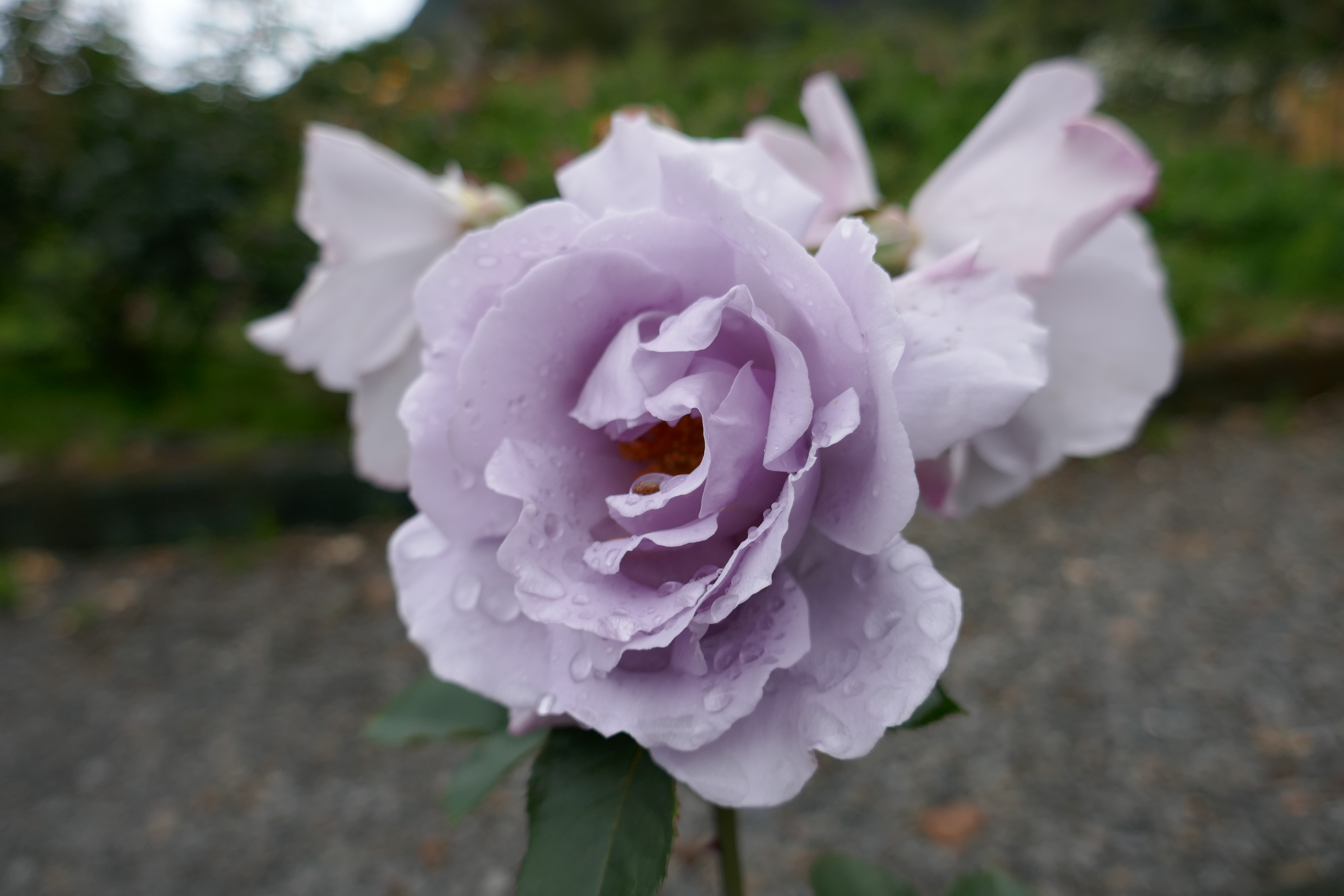
‘Lavender’, Boerner, 1963
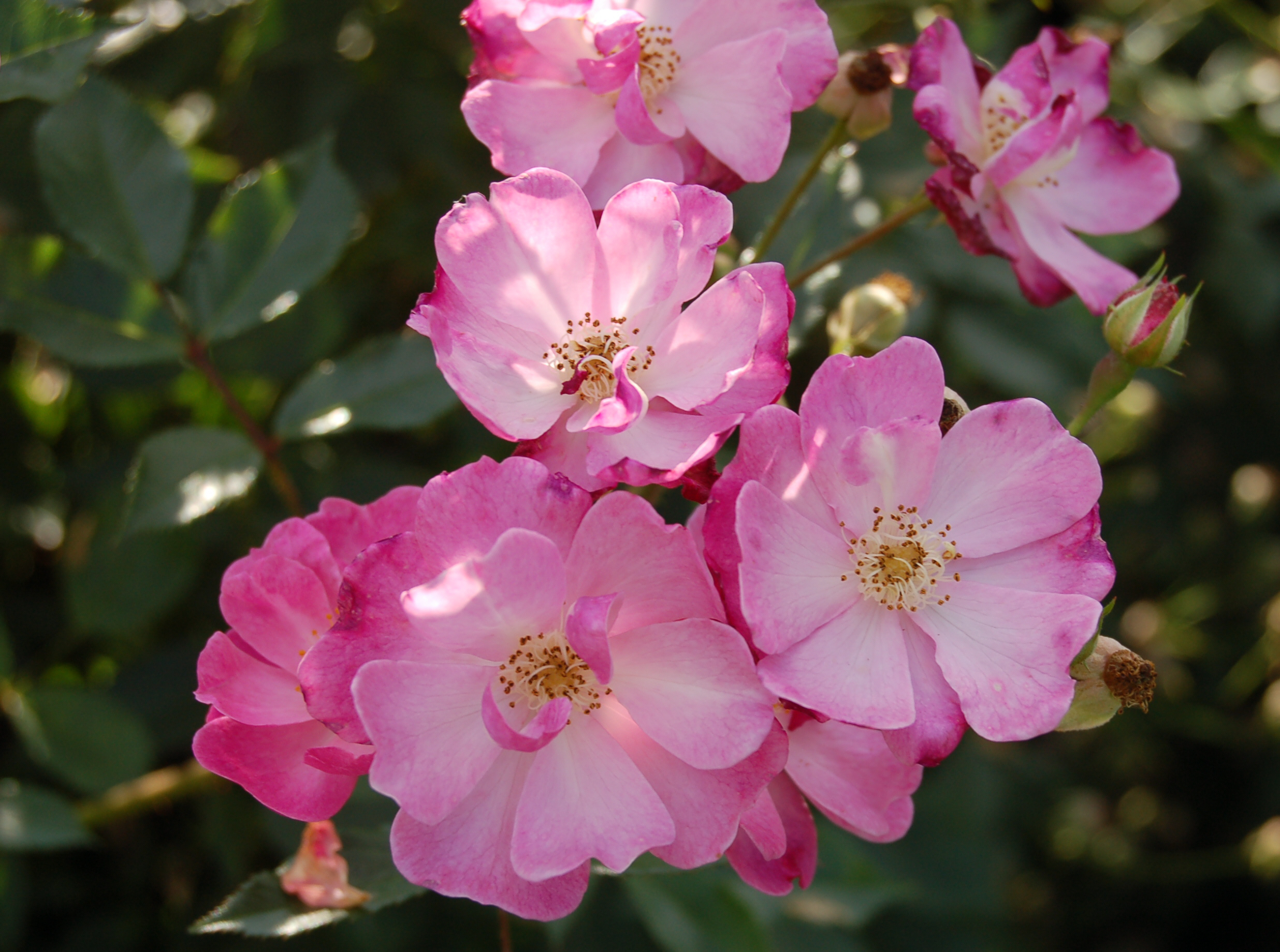
‘Lavender Dream’, Interplant, 1985
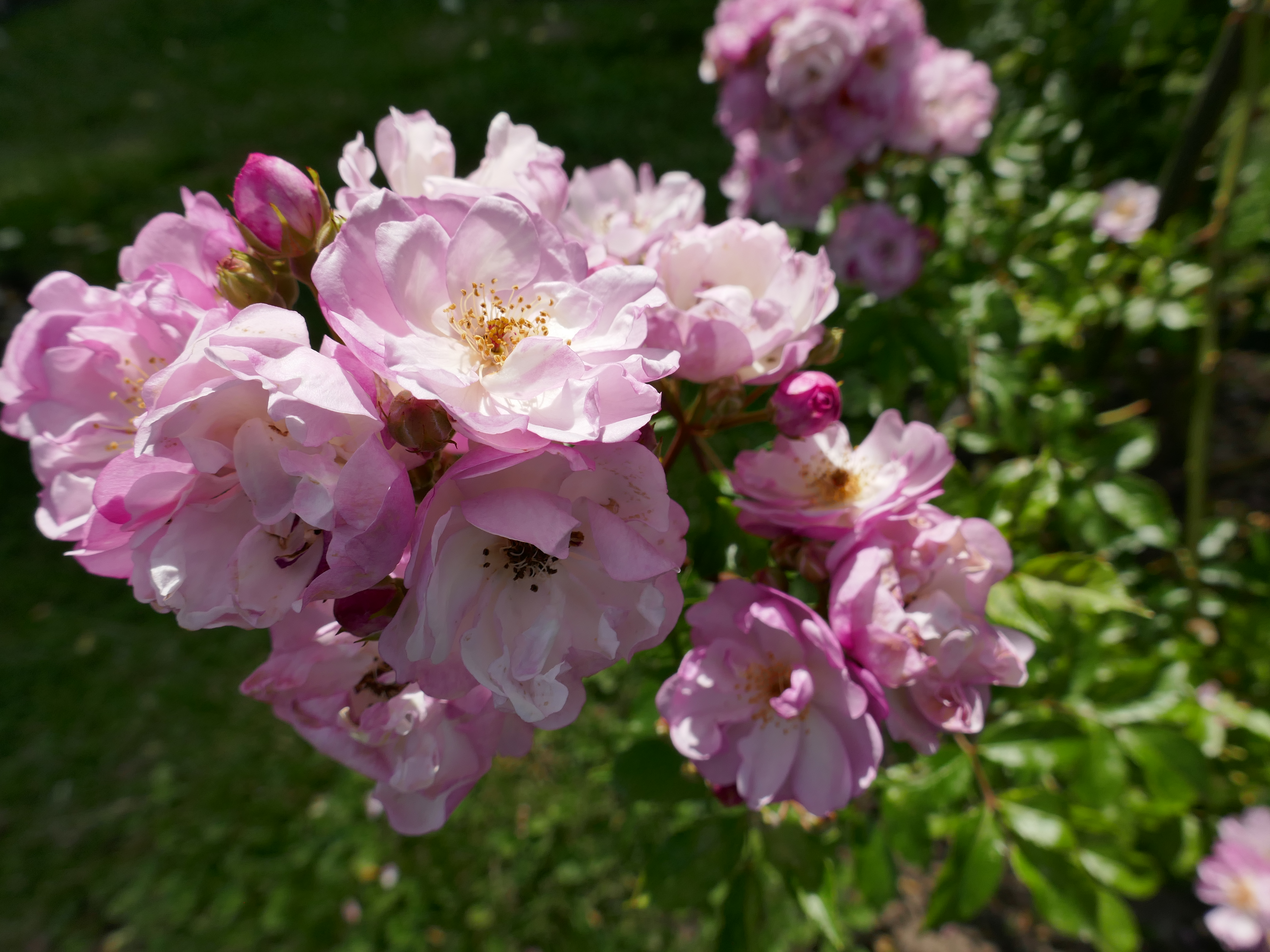
‘Lavender Siluetta’, Kordes, 2019
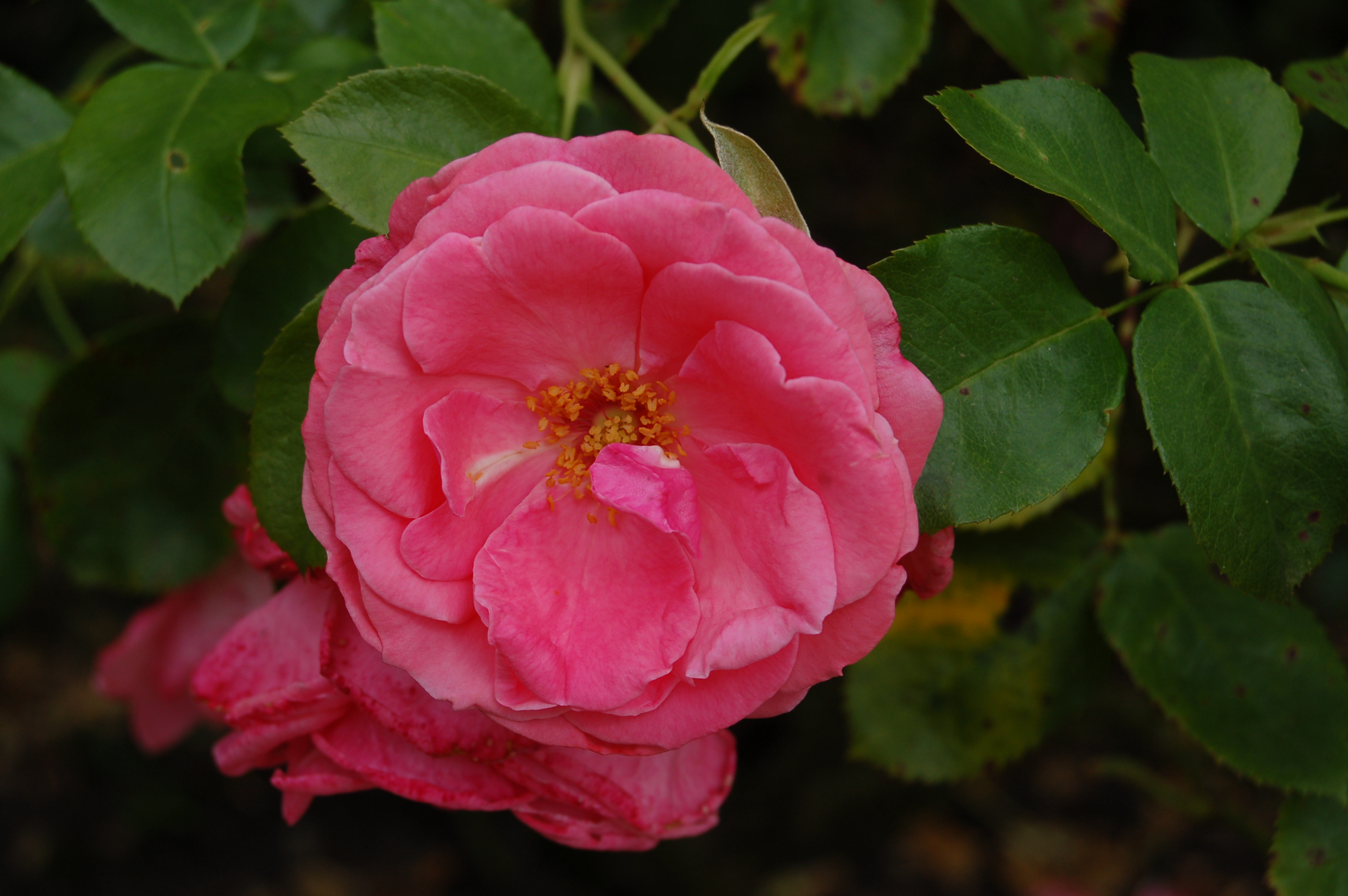
‘Lawinia’, Tantau, 1980
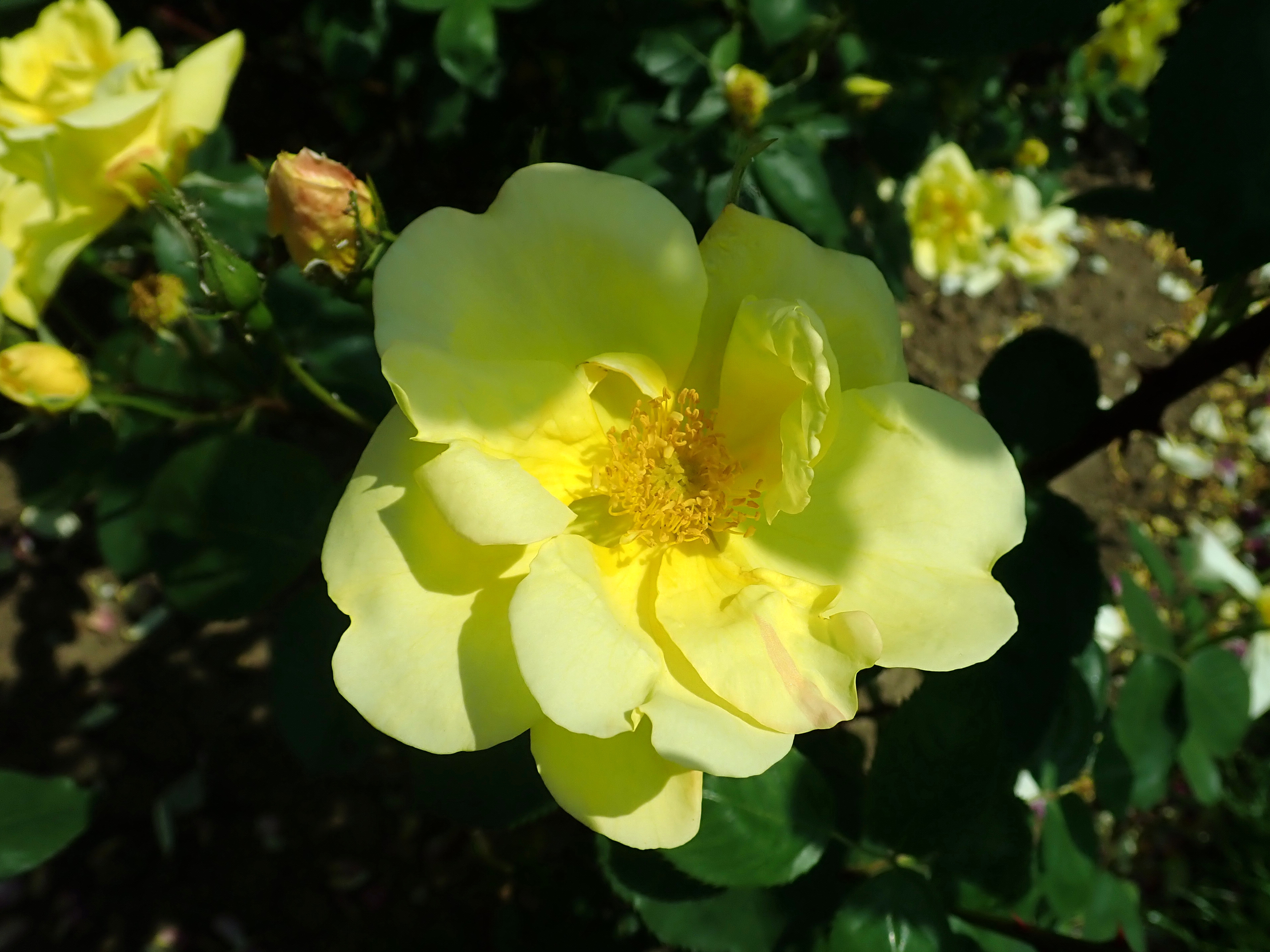
‘Lawrence Johnston’, Pernet-Ducher, vor 1903
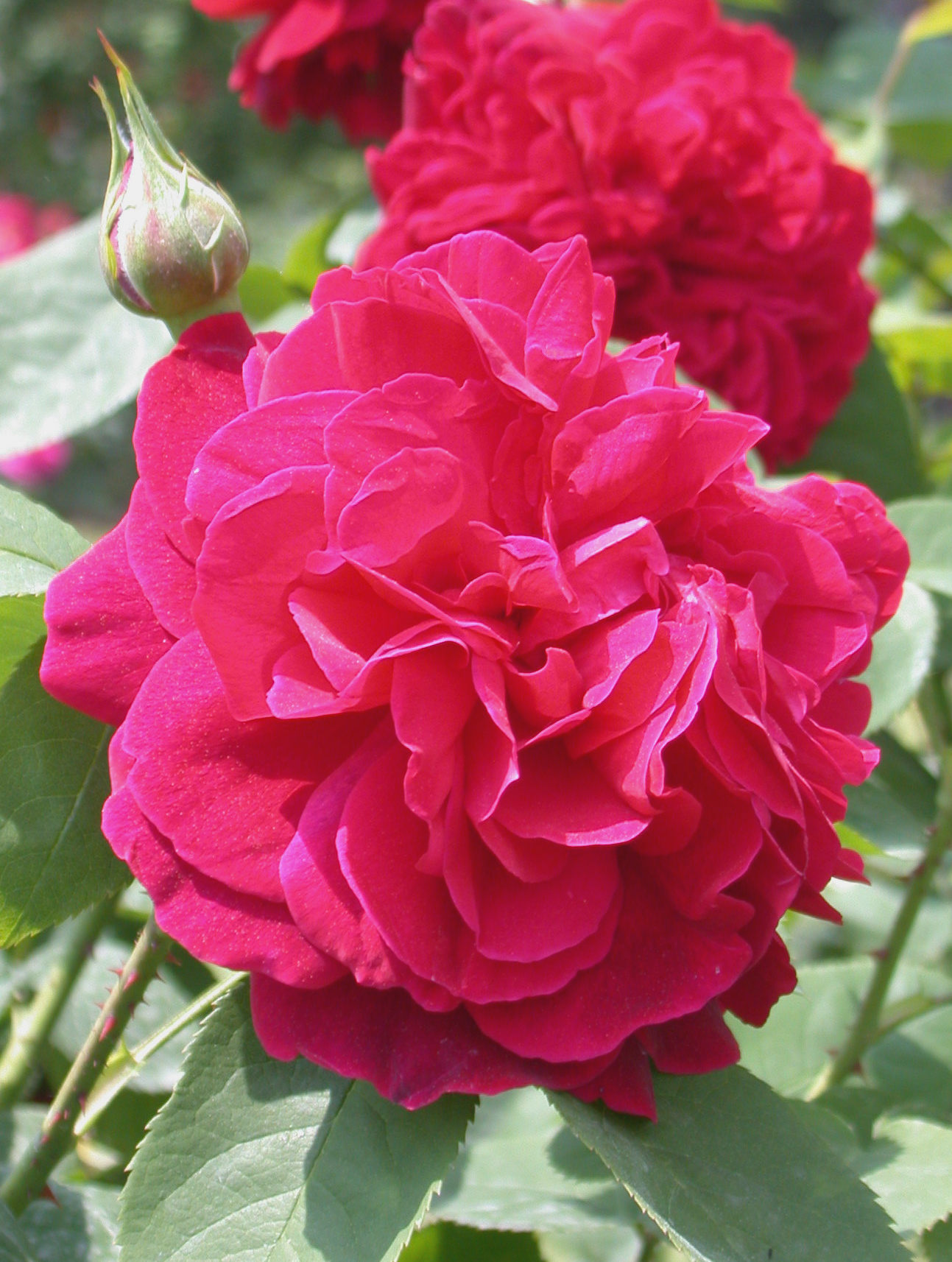
‘L. D. Braithwaite’, Austin, 1988
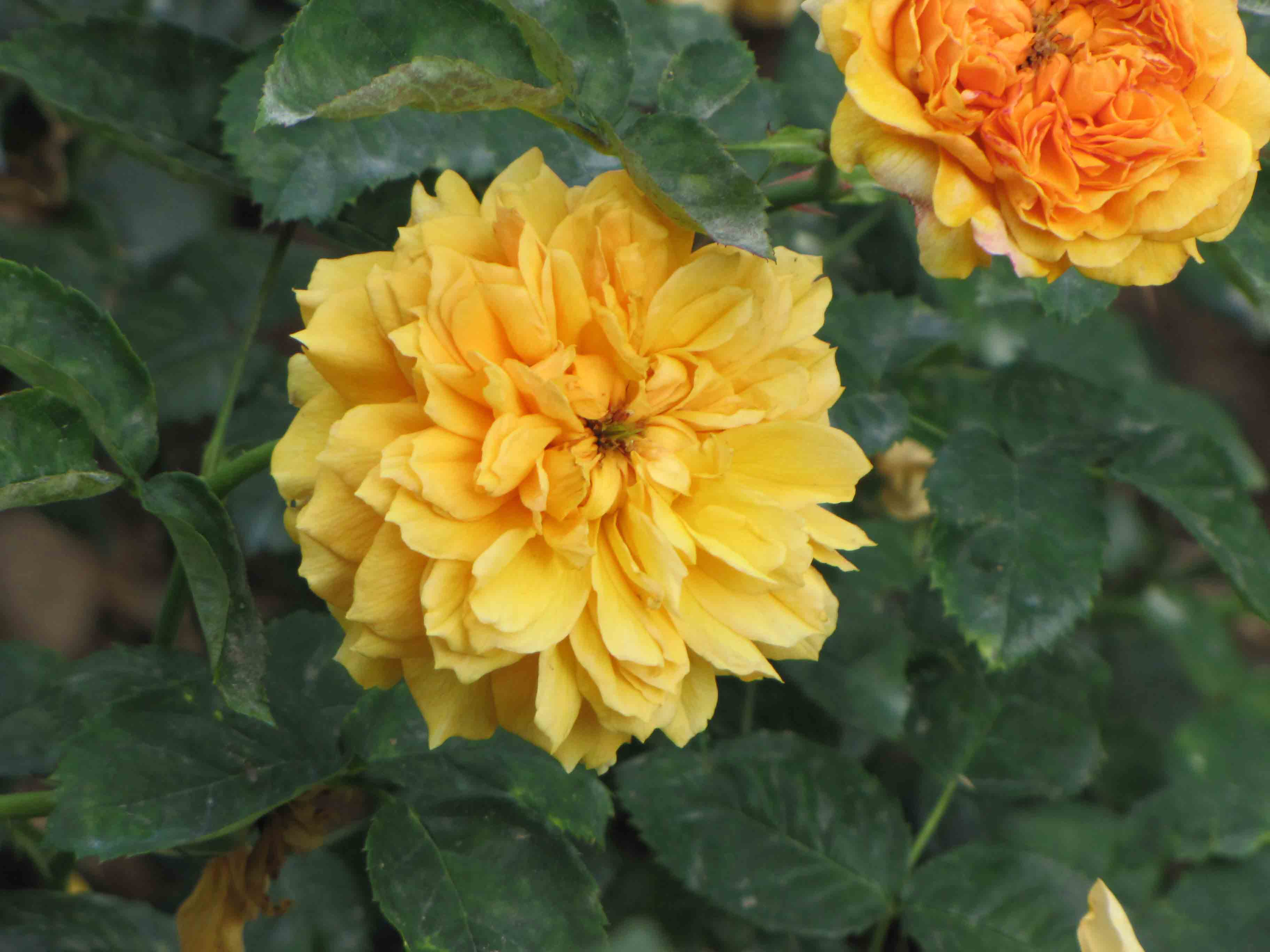
‘Leah Tutu’, Colin P. Horner, vor 2005
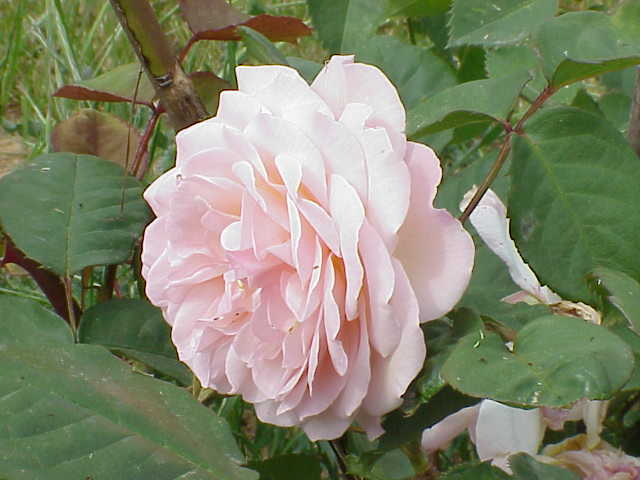
‘Leander’, Austin, 1982
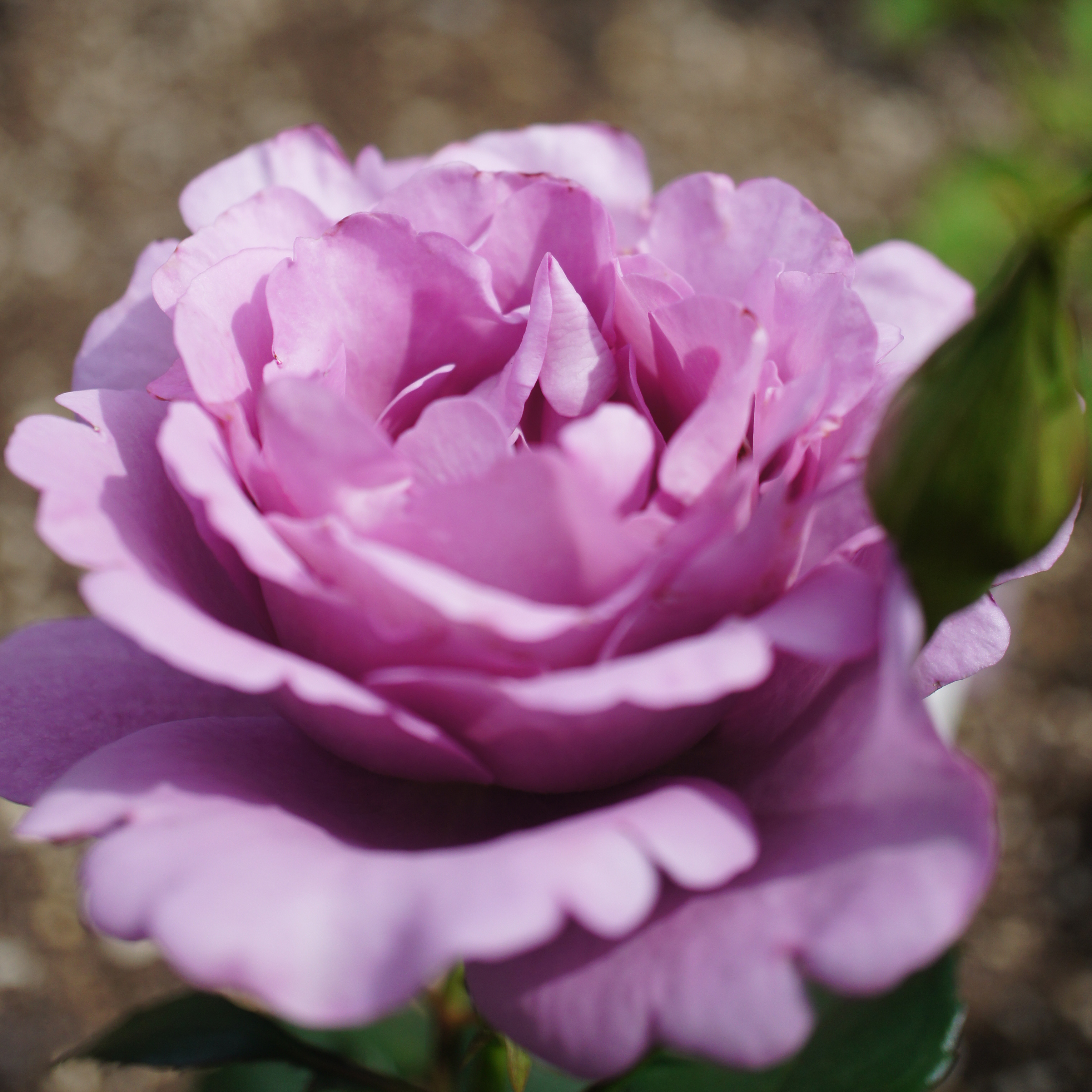
‘Le Comte Fersen’, Meilland, 2009
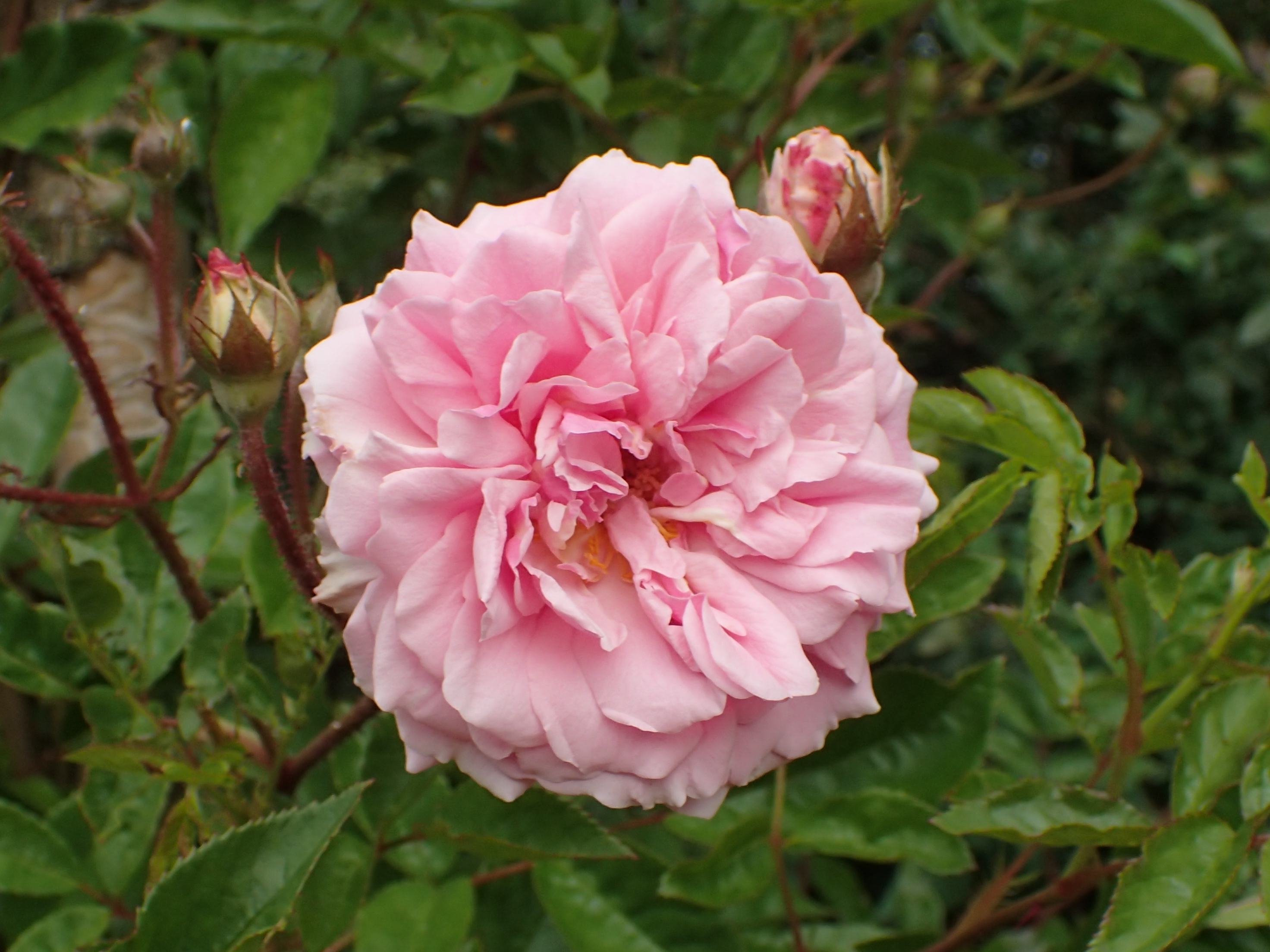
‘Le Droit Humain’, Rose Vilin, 1907
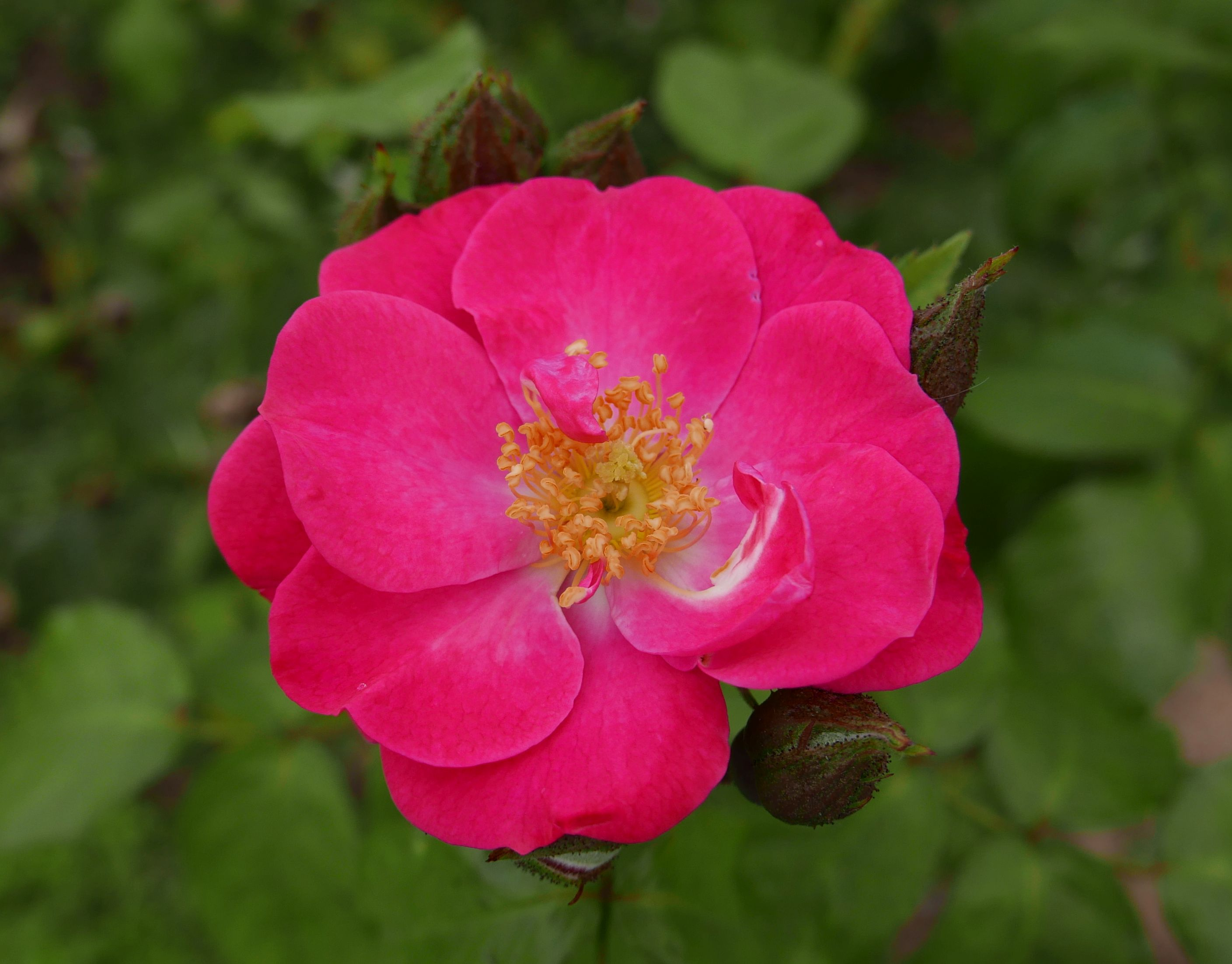
‘Leipzig’, Kordes, 1939
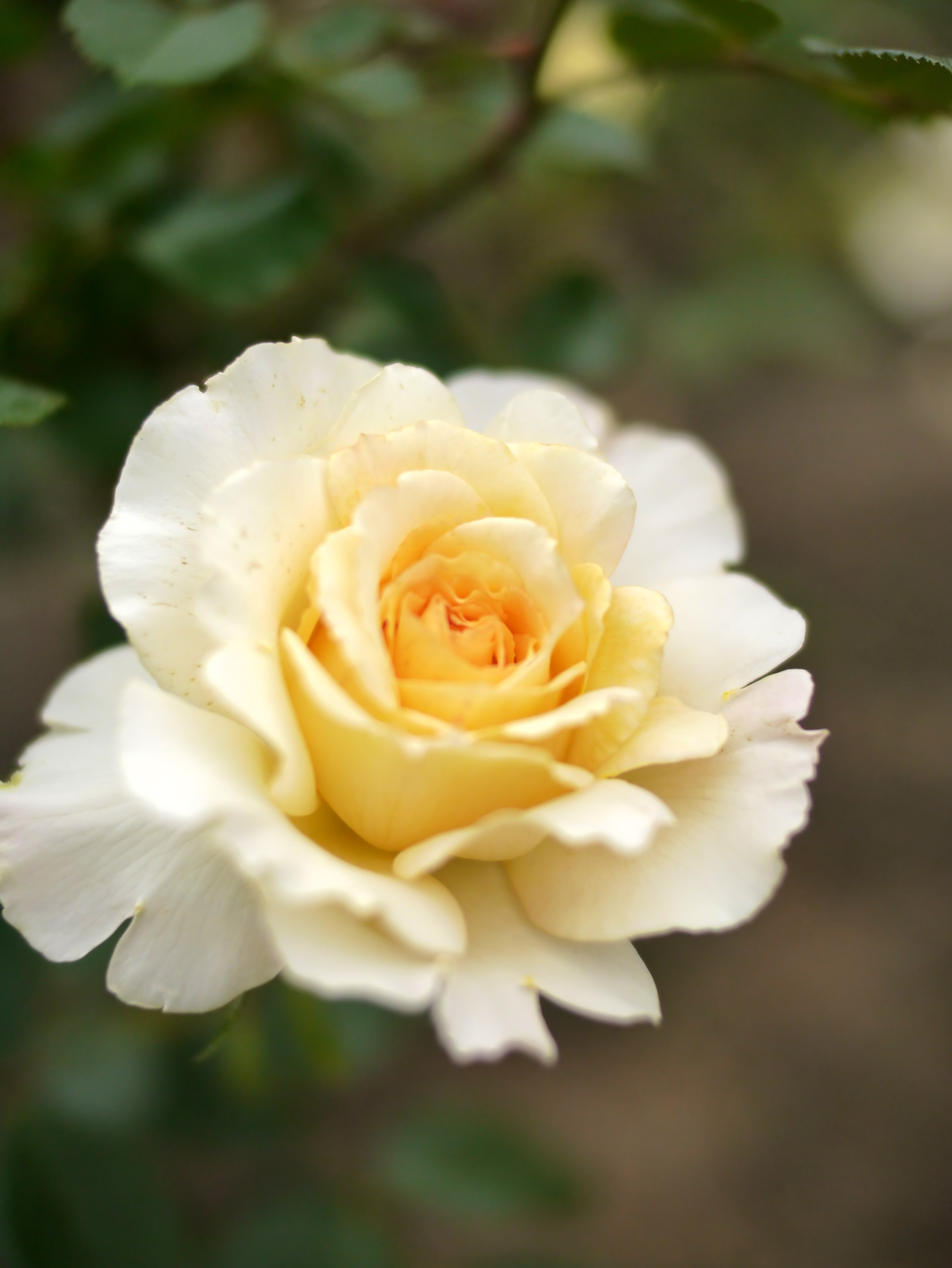
‘Lemon & Ginger’, Jackson & Perkins, 2008
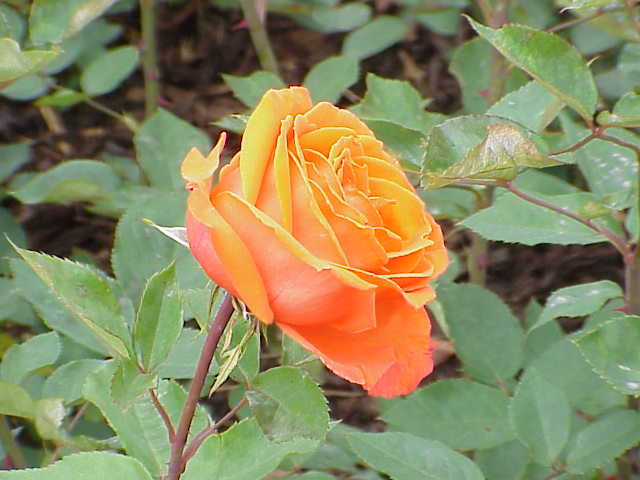
‘Lena’, de Ruiter, 1981
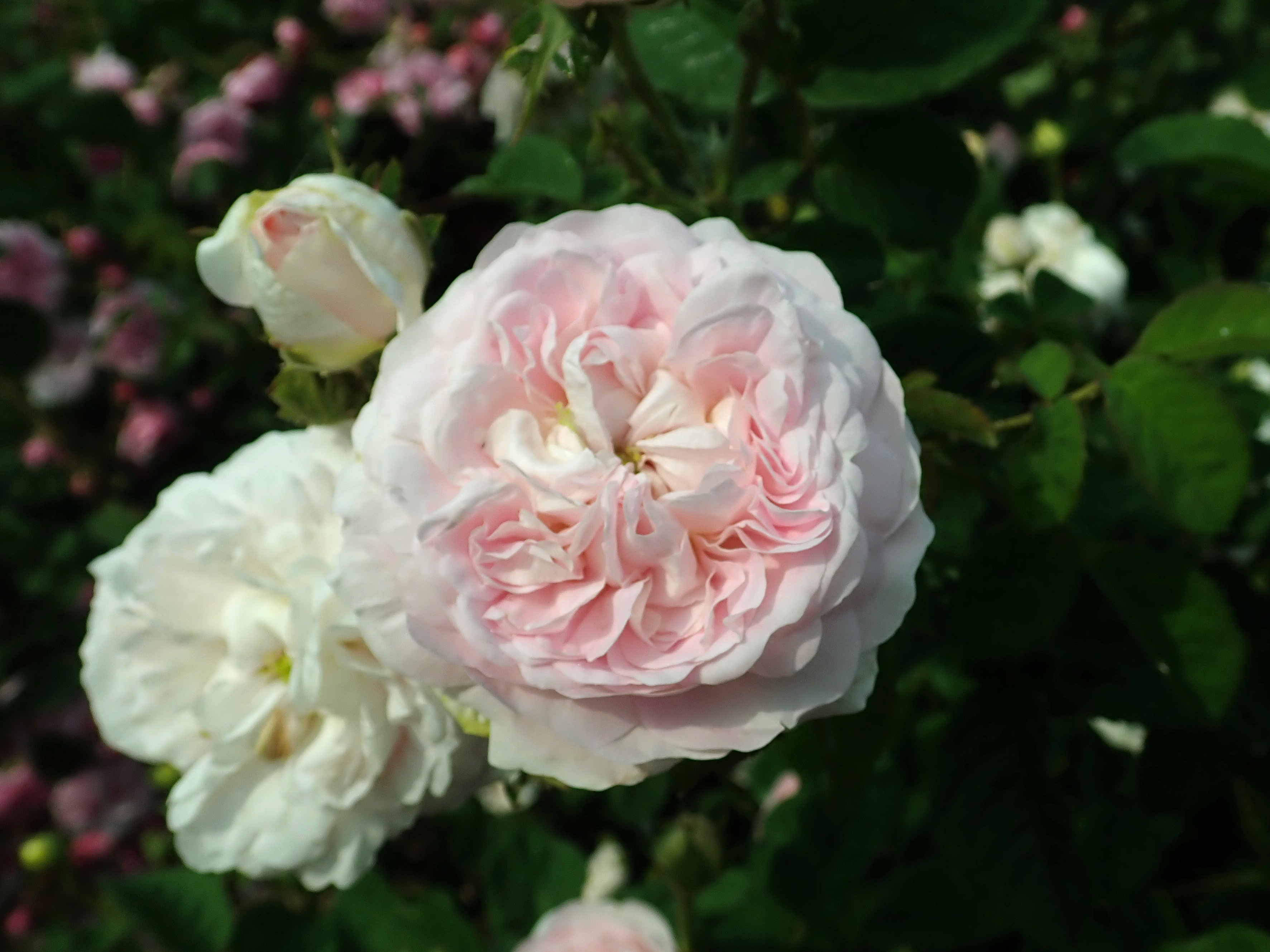
‘L’Enchanteresse’, François, 1824
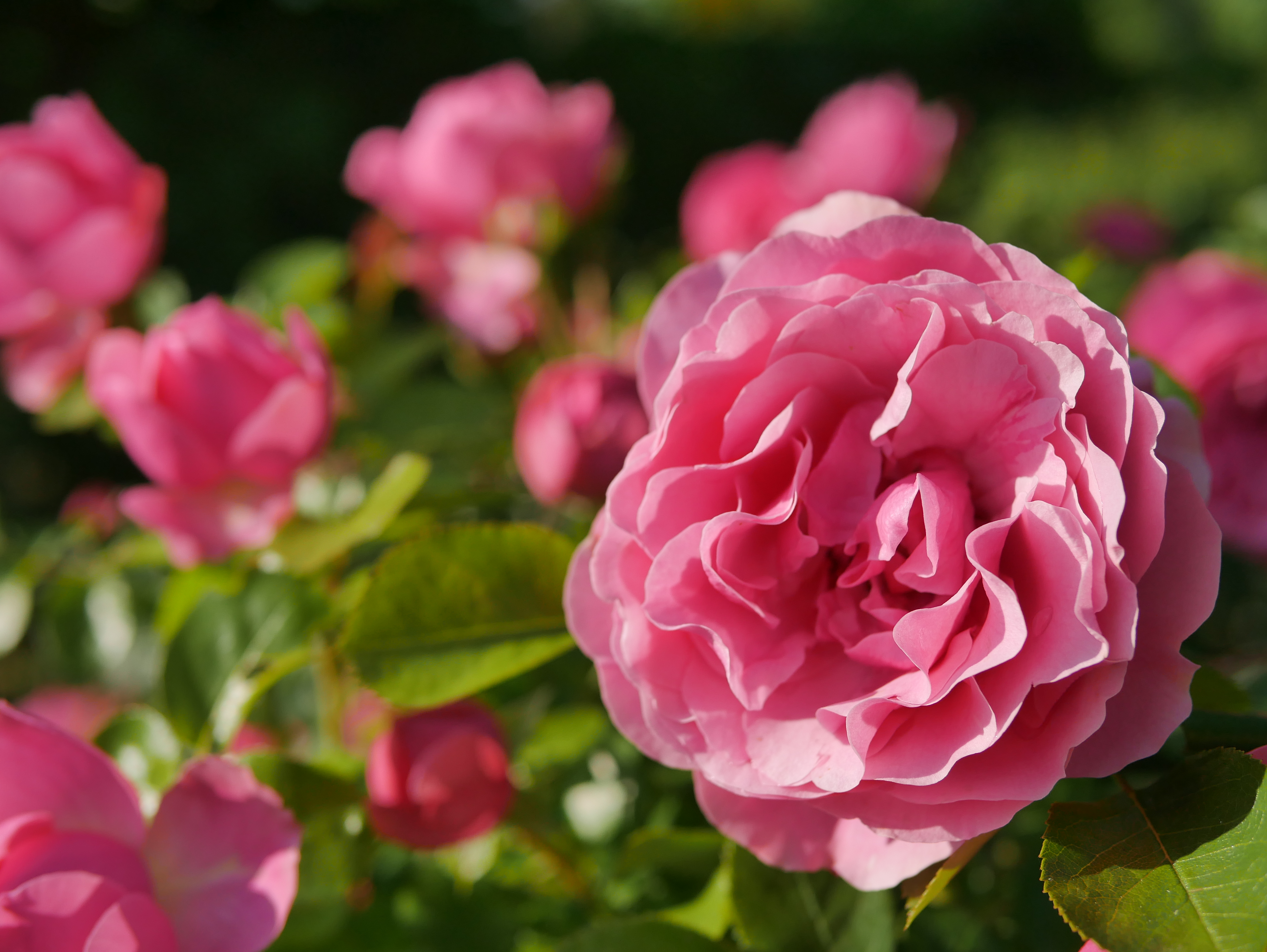
‘Leonardo da Vinci’, Meilland, 1994
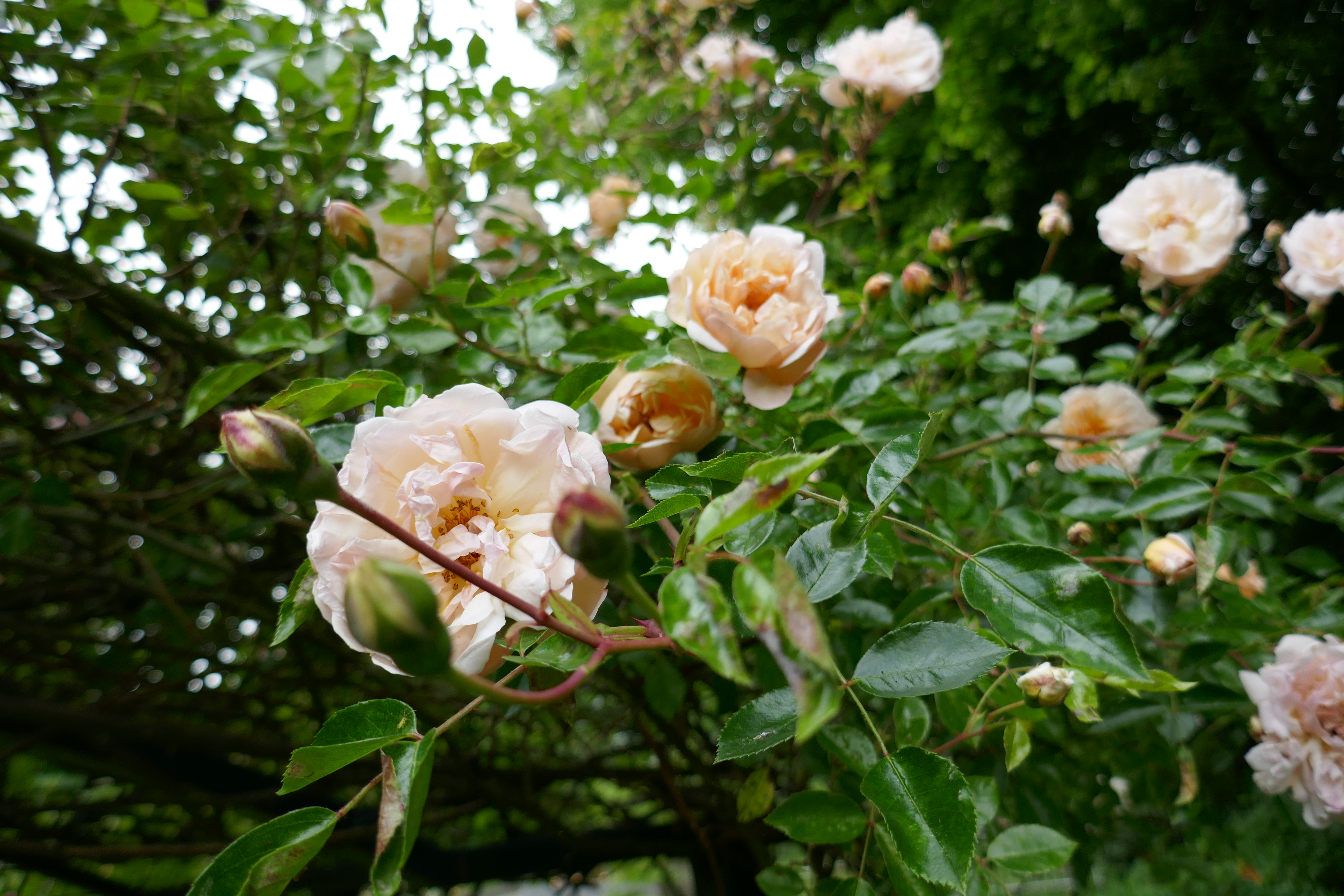
‘Léontine Gervais’, Barbier, 1903
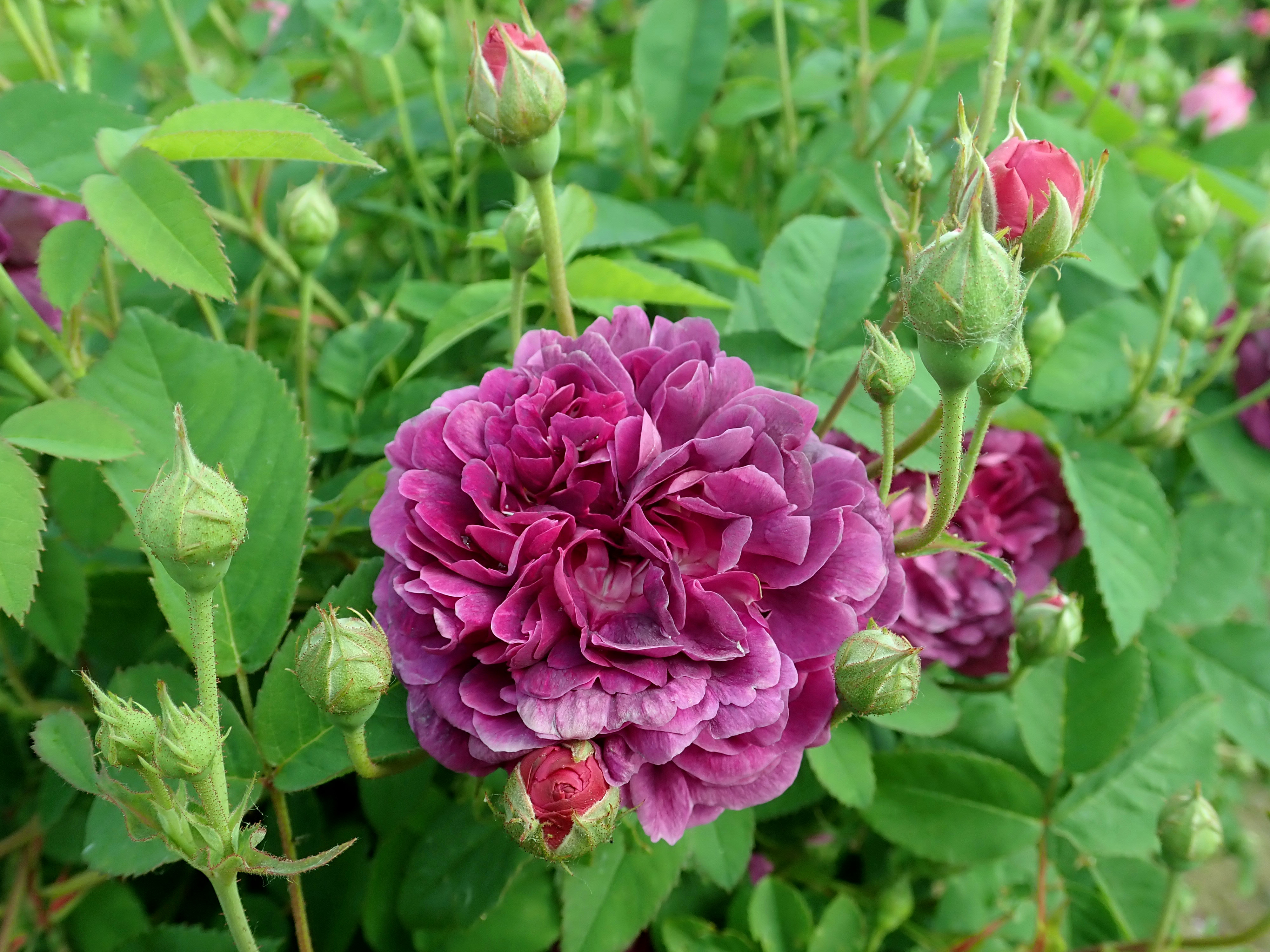
‘Le Rosier Évêque’ (auch: ‘The Bishop’), vor 1790
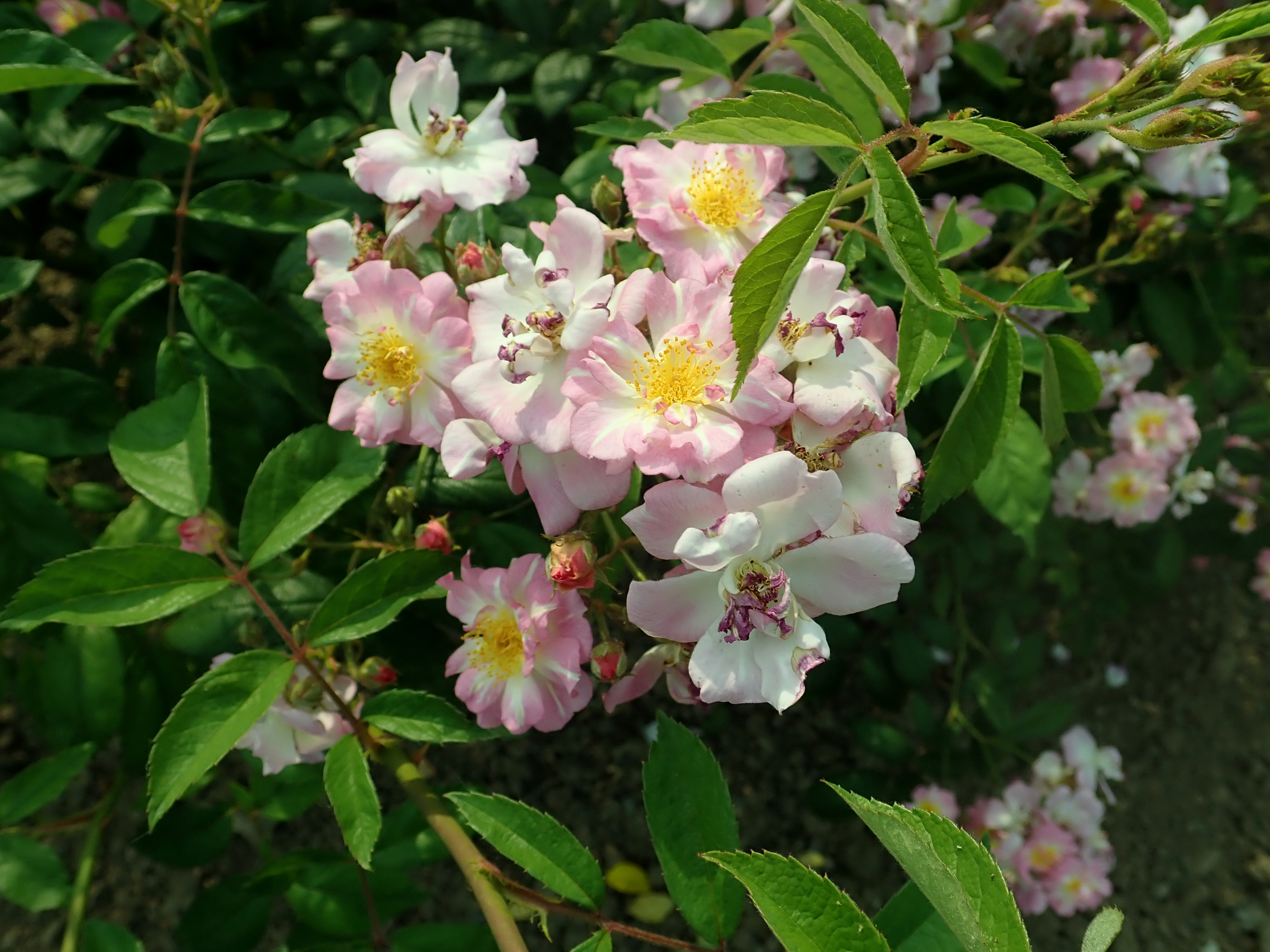
‘Lessing’, Lambert, 1914
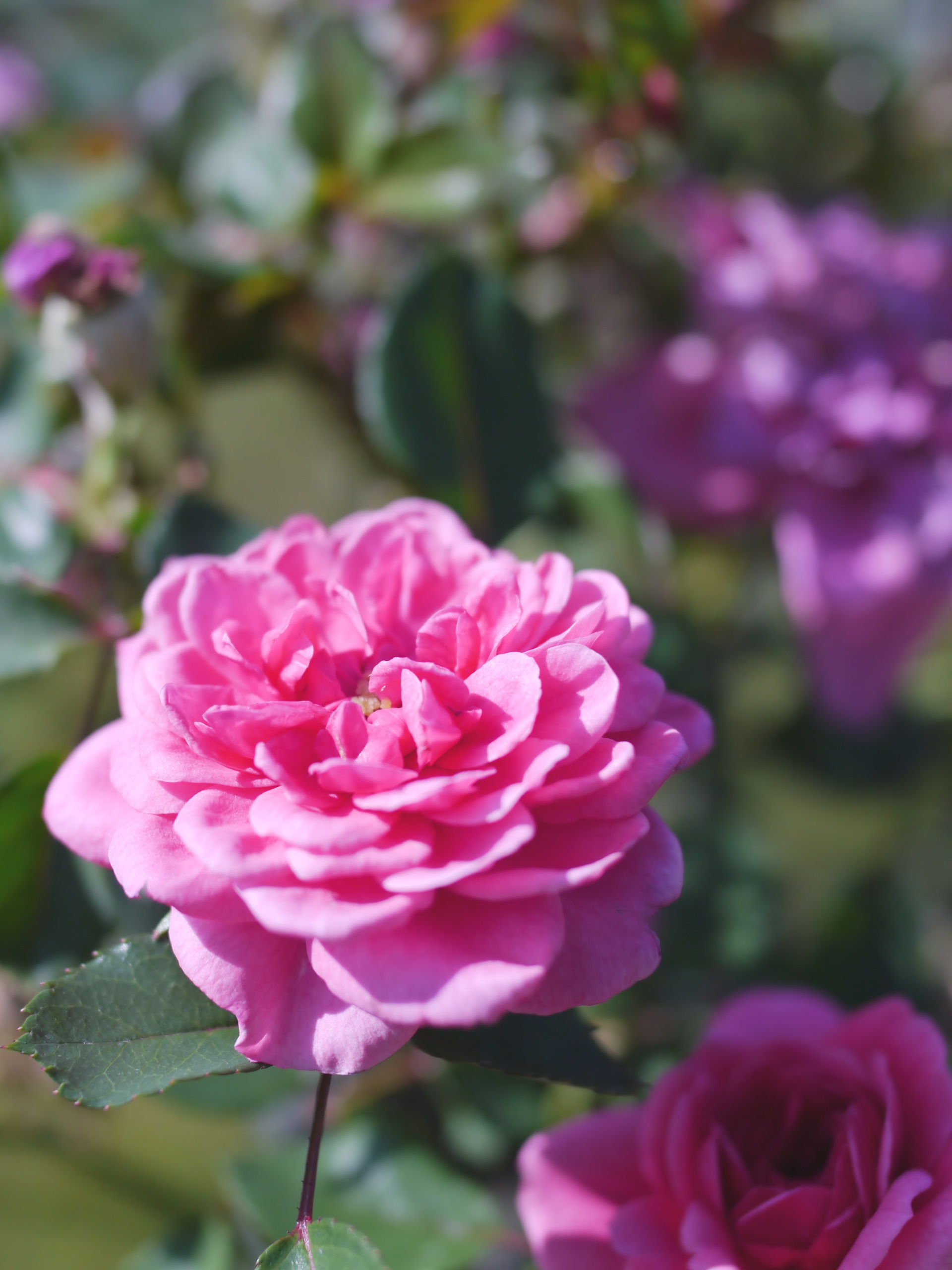
‘Letchworth Centenary’, Harkness, 2003
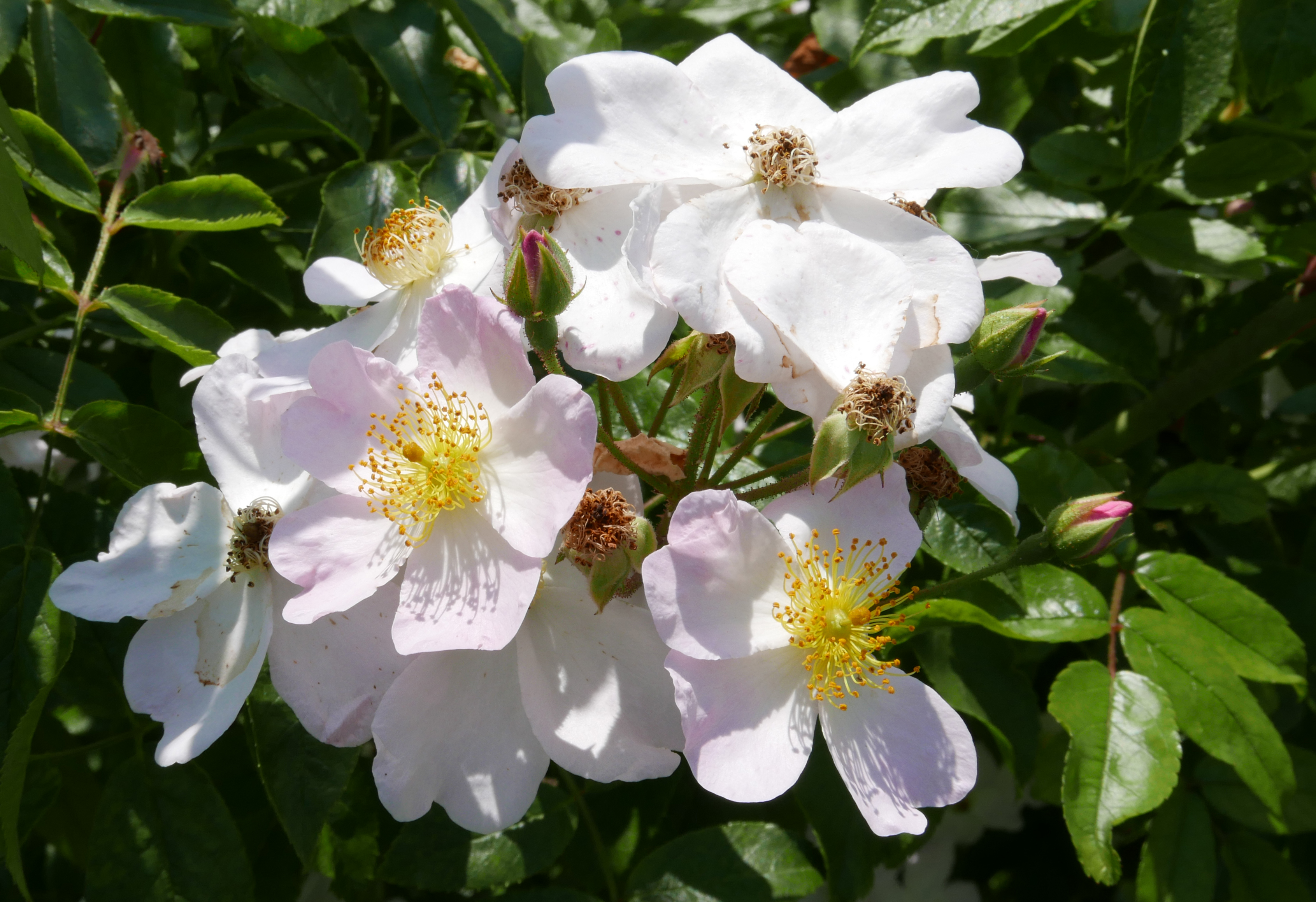
‘Leuchtstern’, Kiese, 1899
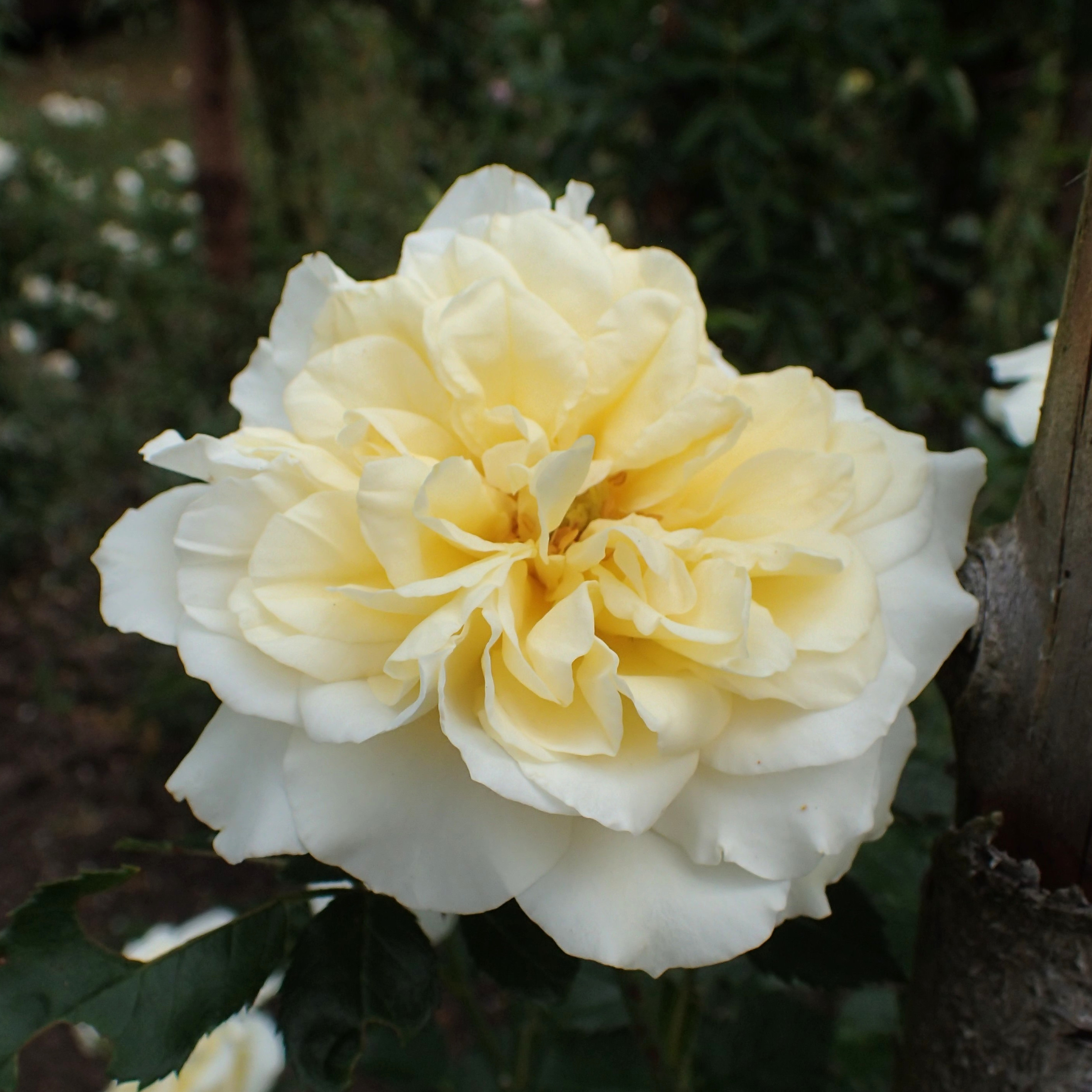
‘Leverkusen’, Kordes, 1954
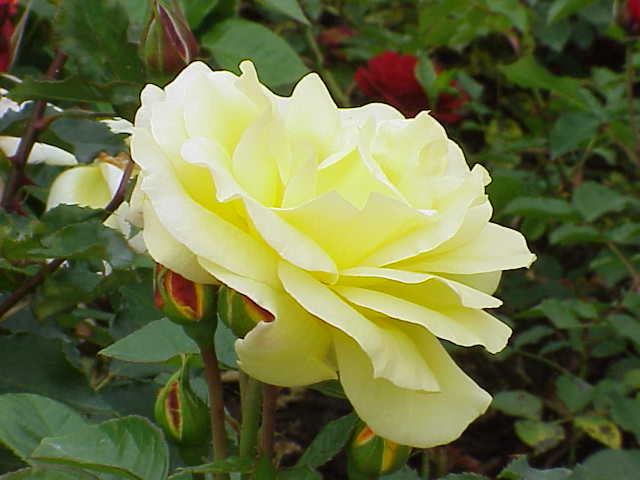
‘Liane’, Cocker, 1989
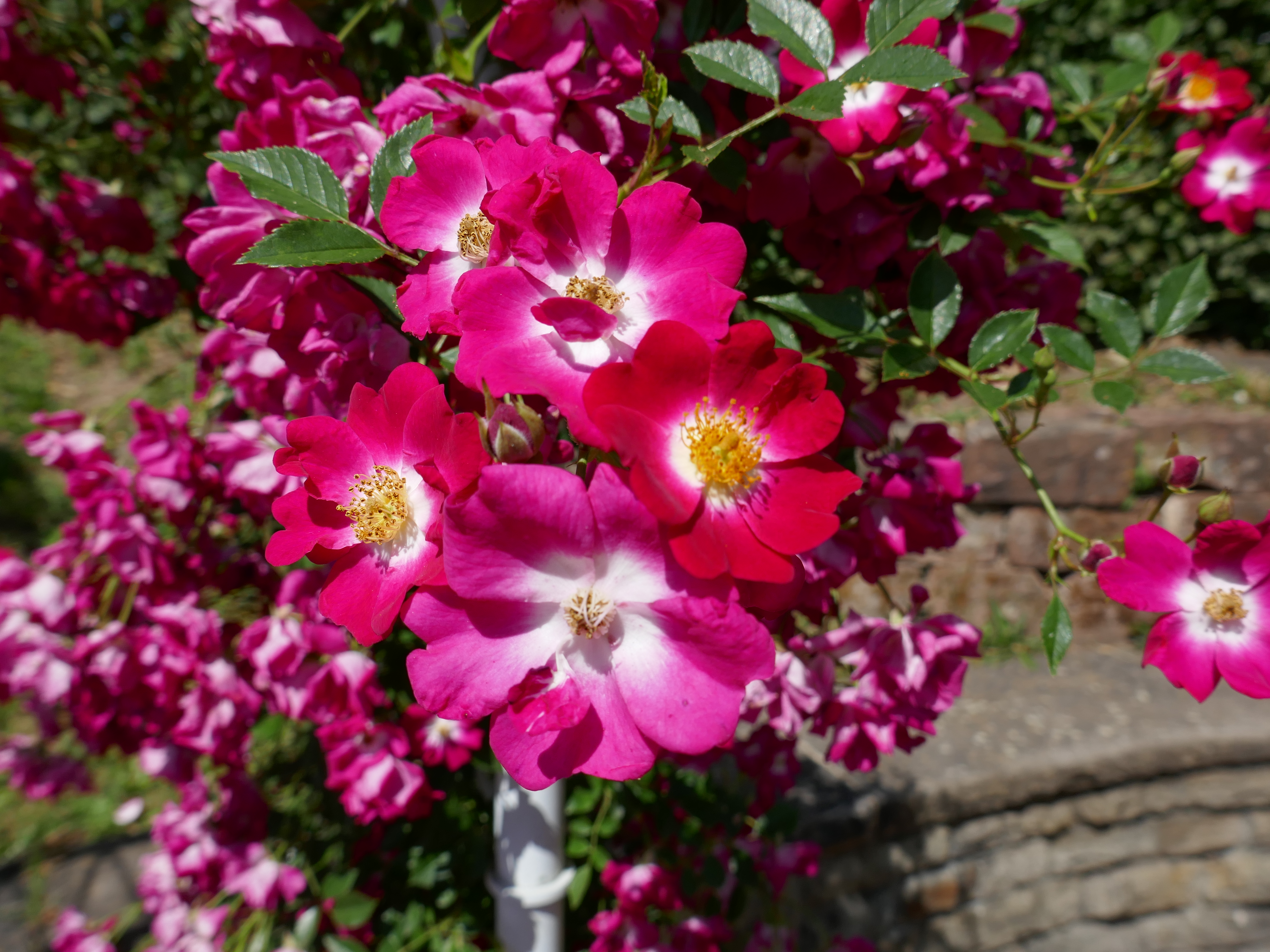
‘Libertas’, Tantau, 2015
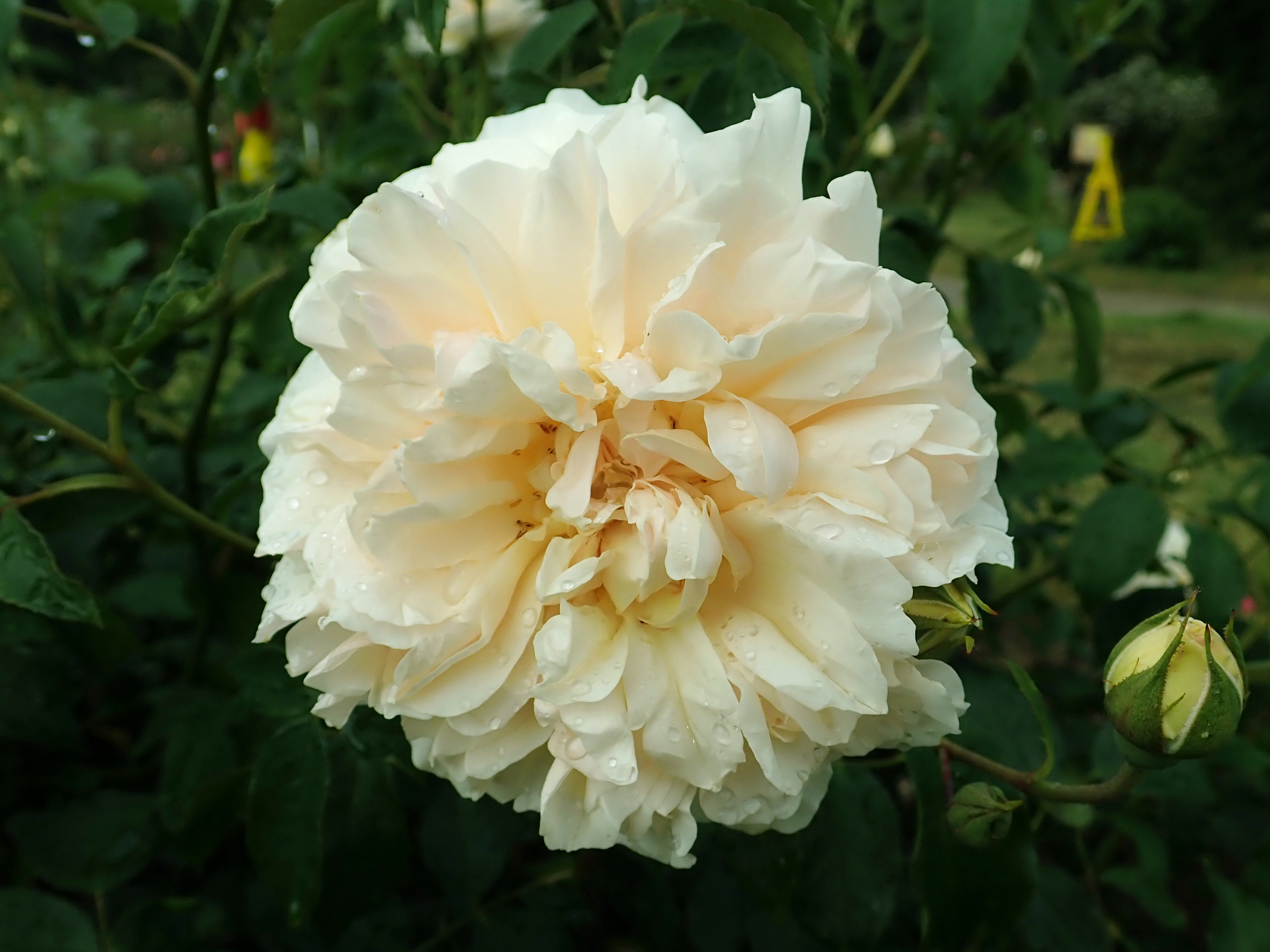
‘Lichfield Angel’, David Austin, vor 2005
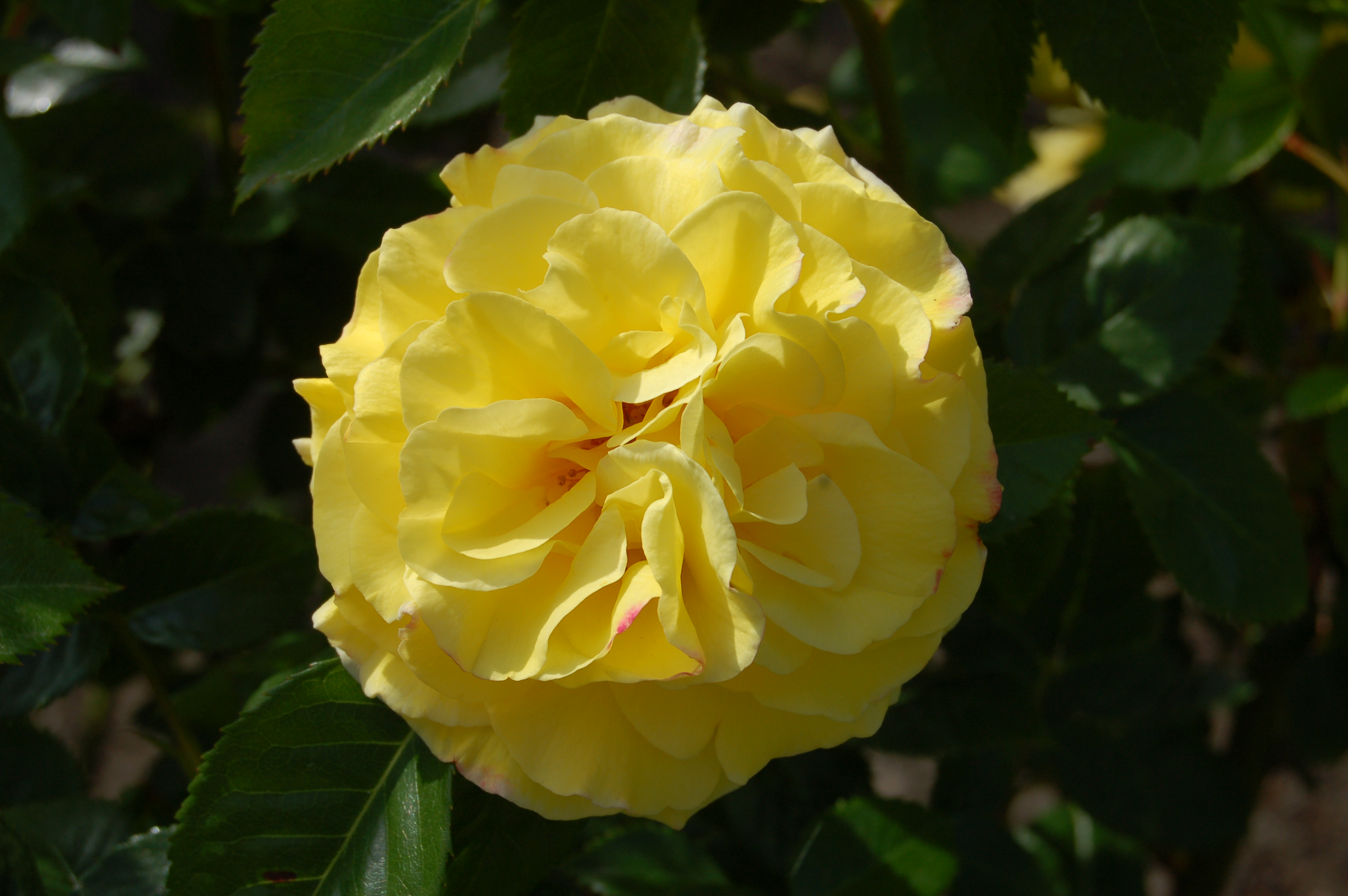
‘Lichtkönigin Lucia’, Kordes, 1966
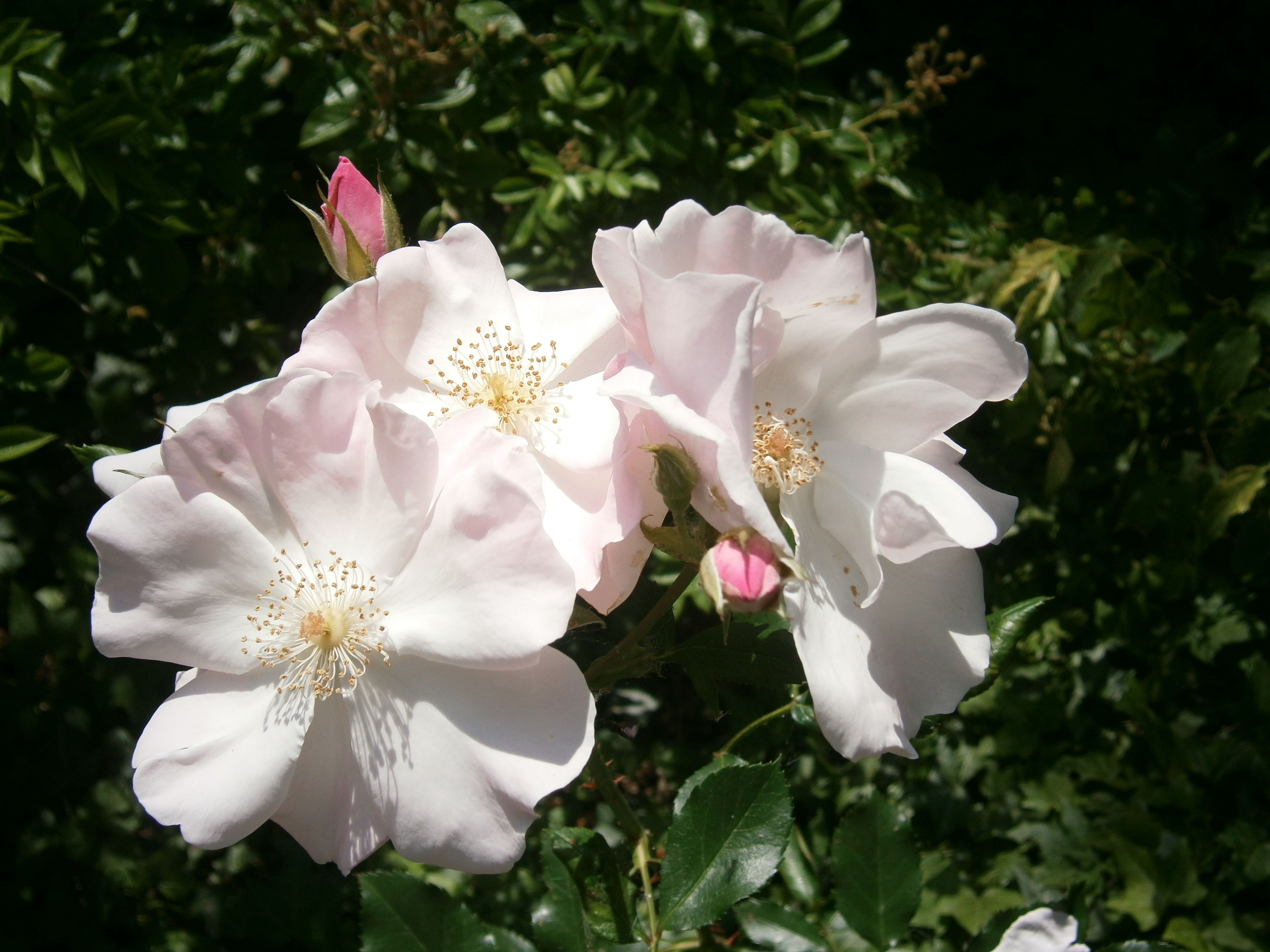
‘Lieve Louise’, Louis Lens, 2001
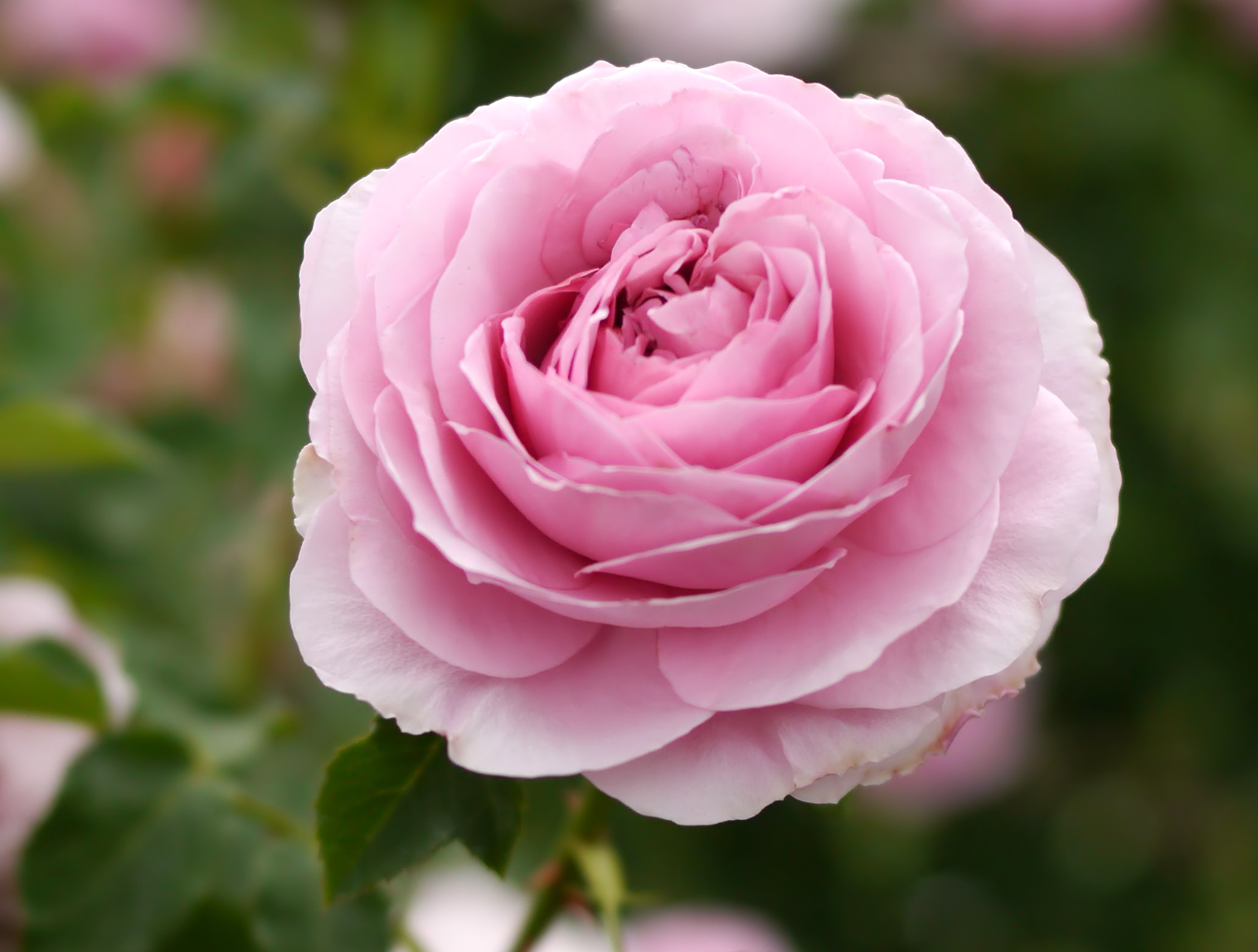
‘Lilac Rose’, David Austin, 1990
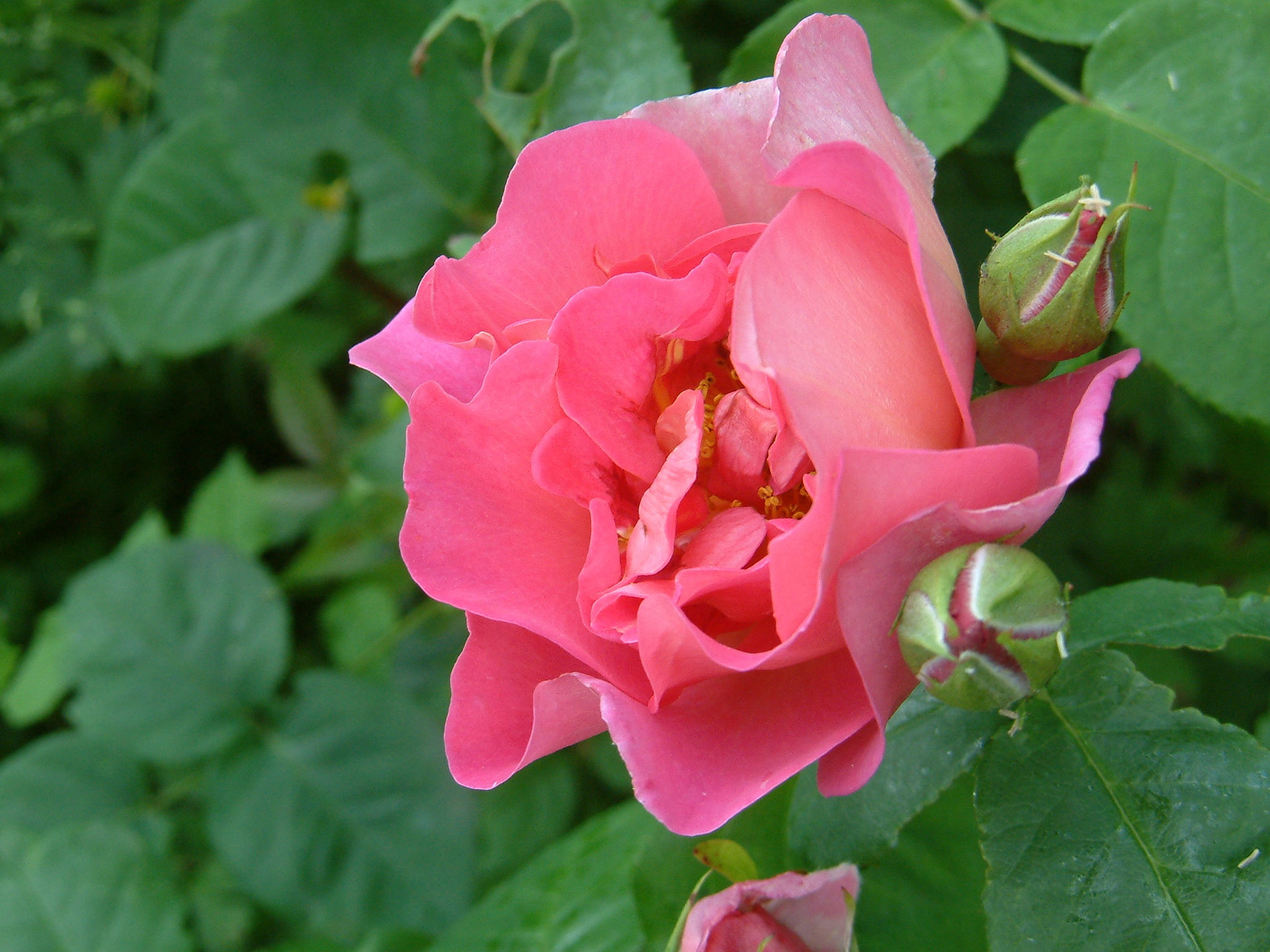
‘Lilian Austin’, David Austin, 1973
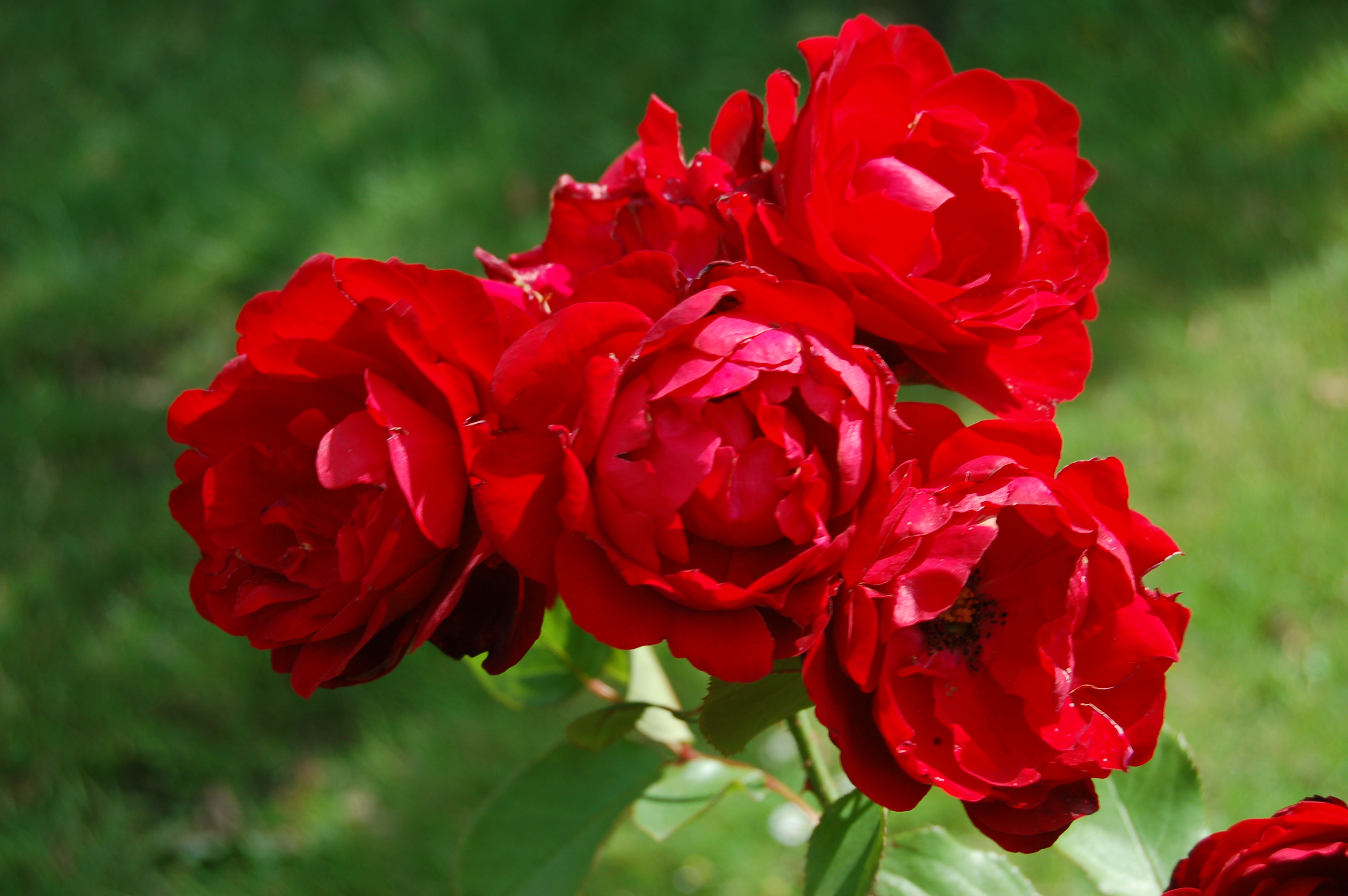
‘Lilli Marleen’, Kordes, 1959
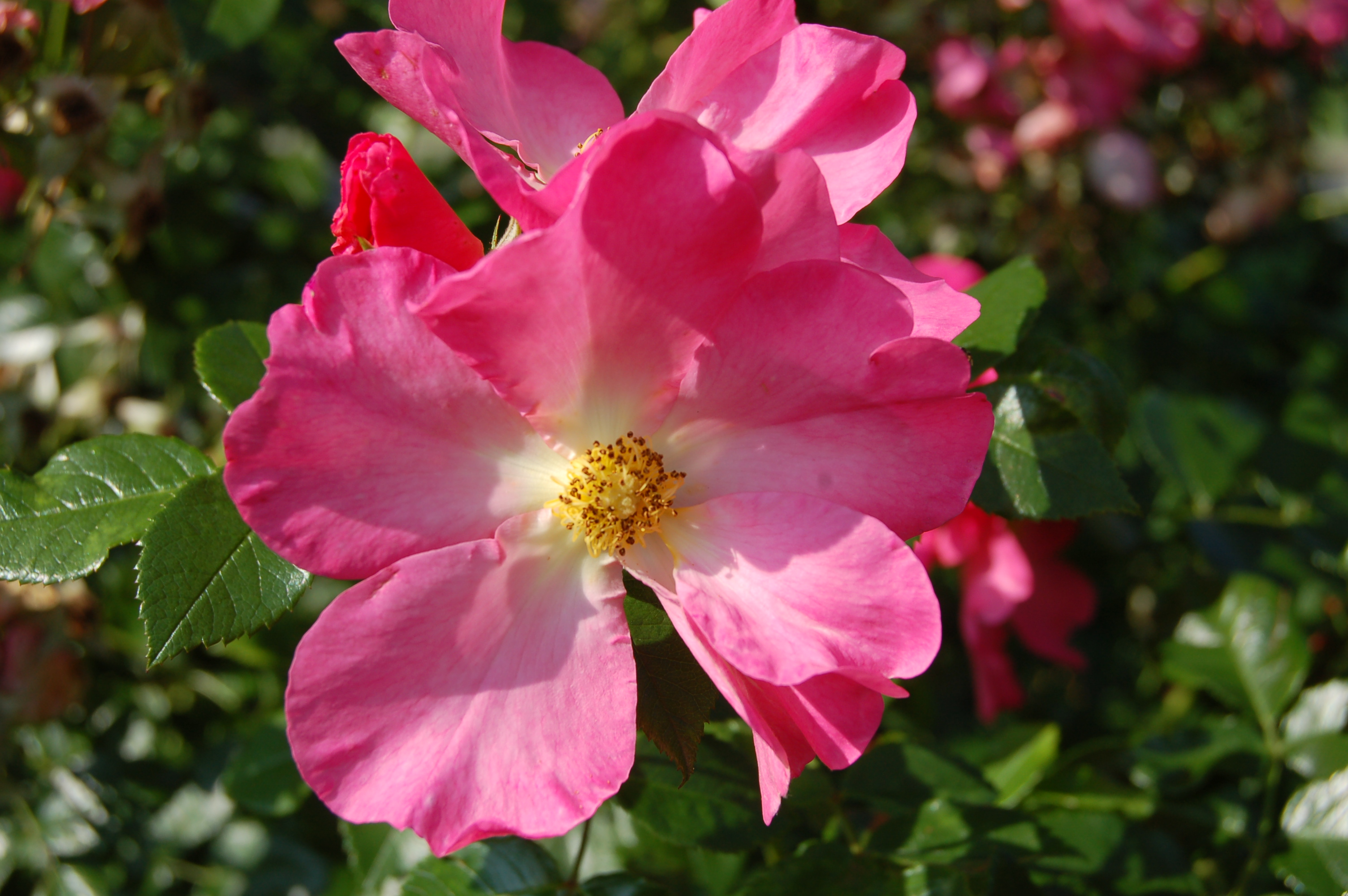
‘Linderhof’, Kordes, 1999
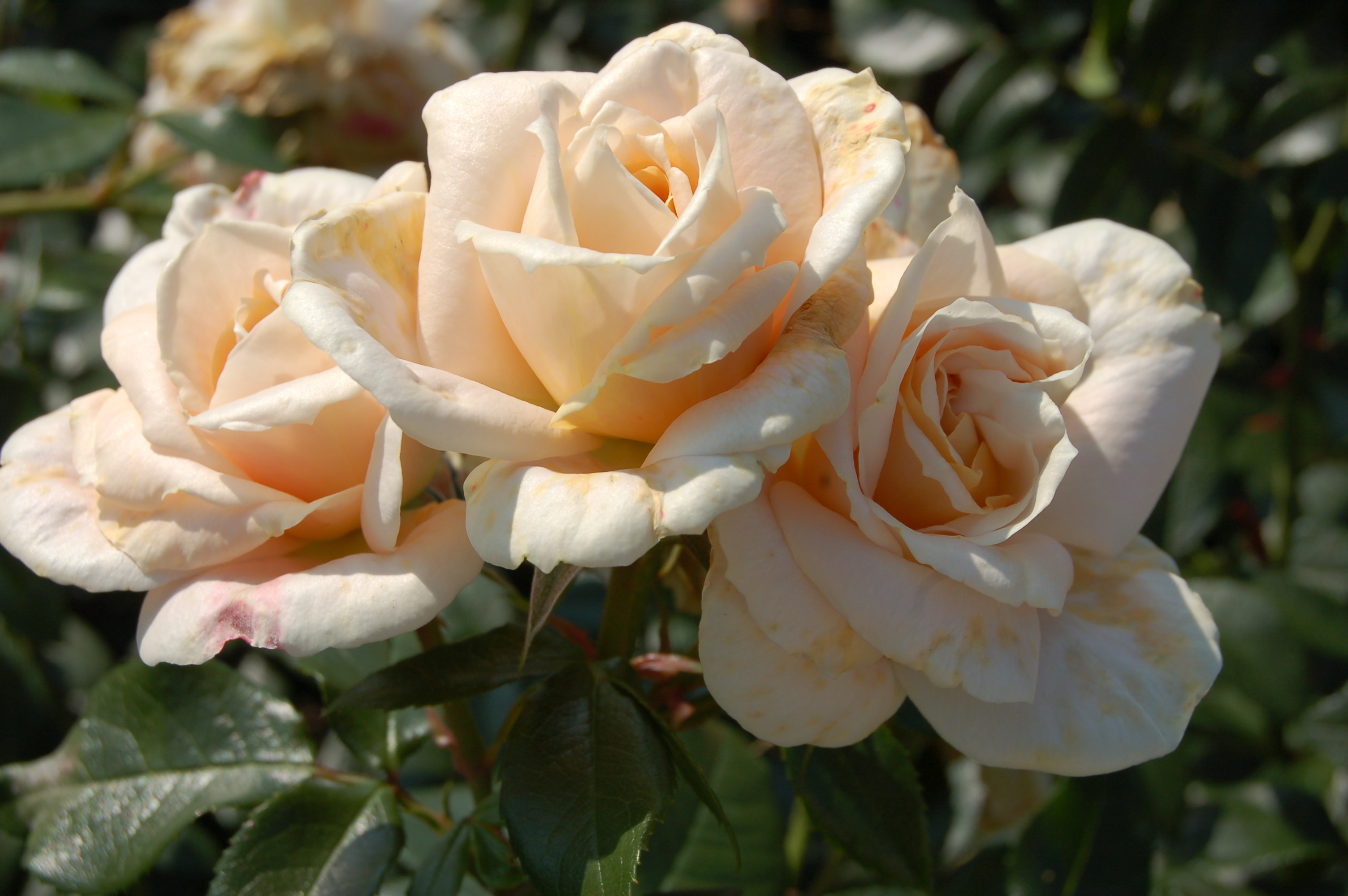
‘Lions-Rose’, Kordes, 2002
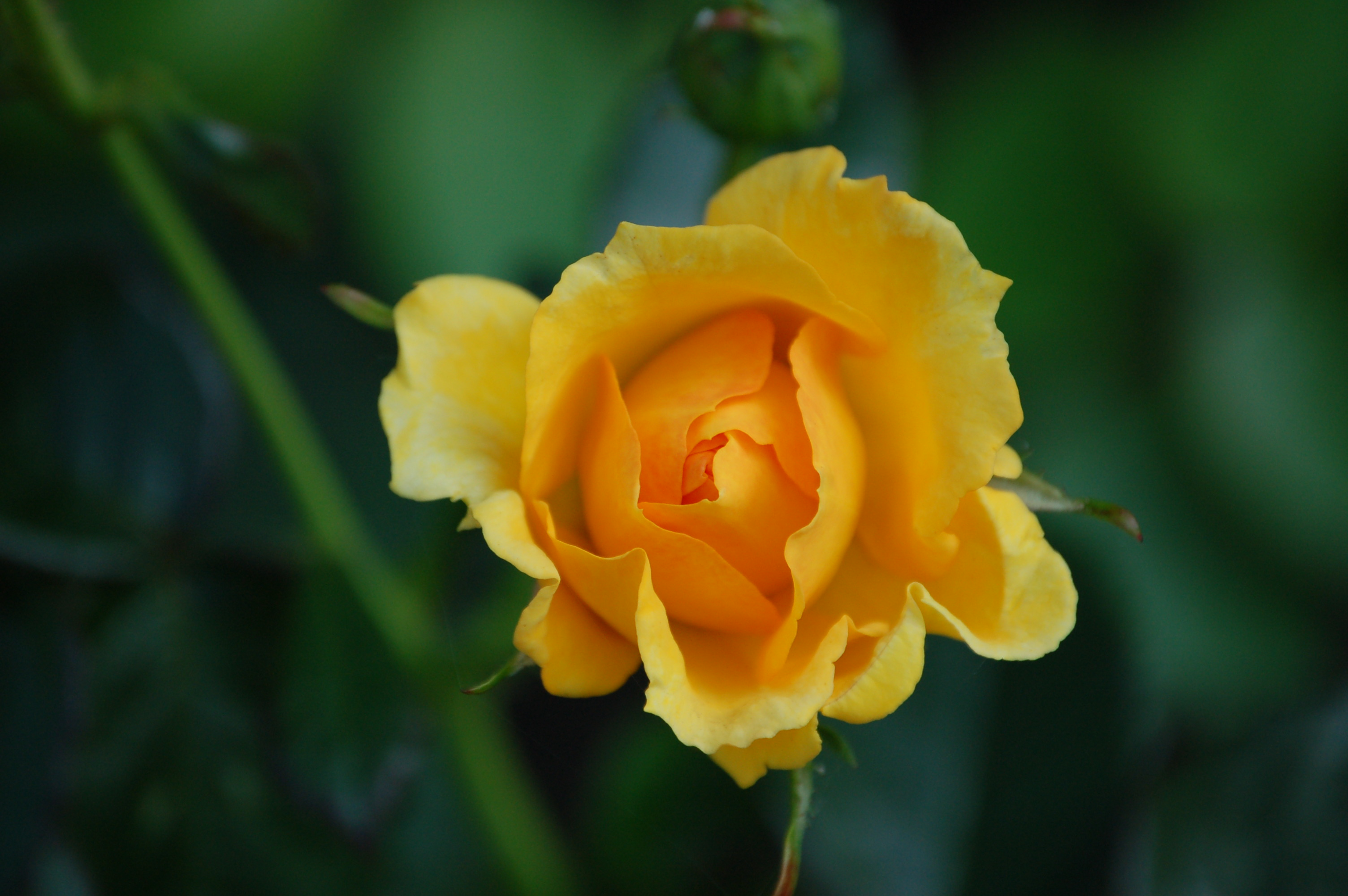
‘Lisa’, Noack, 2003
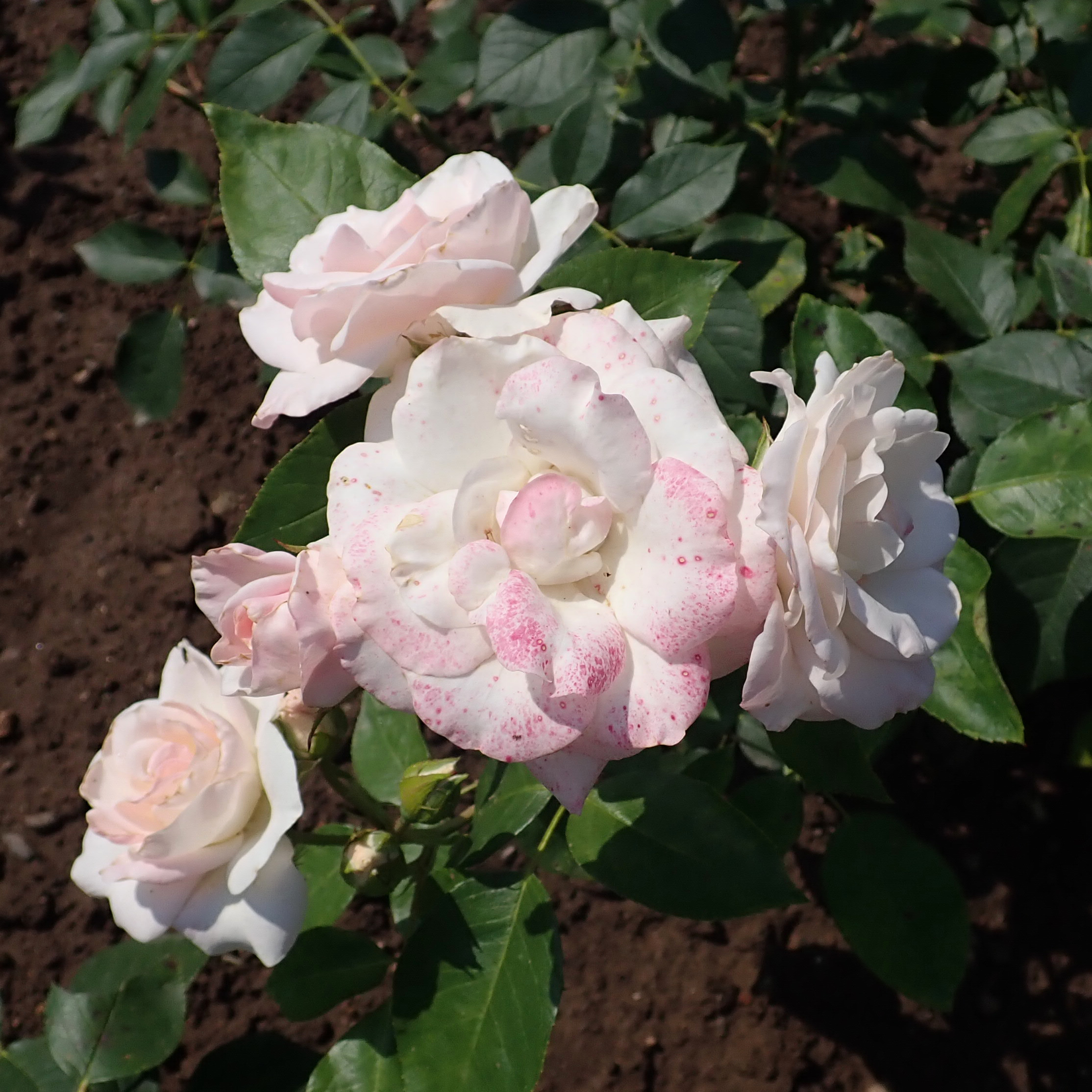
‘Liz’, Meilland, 1995
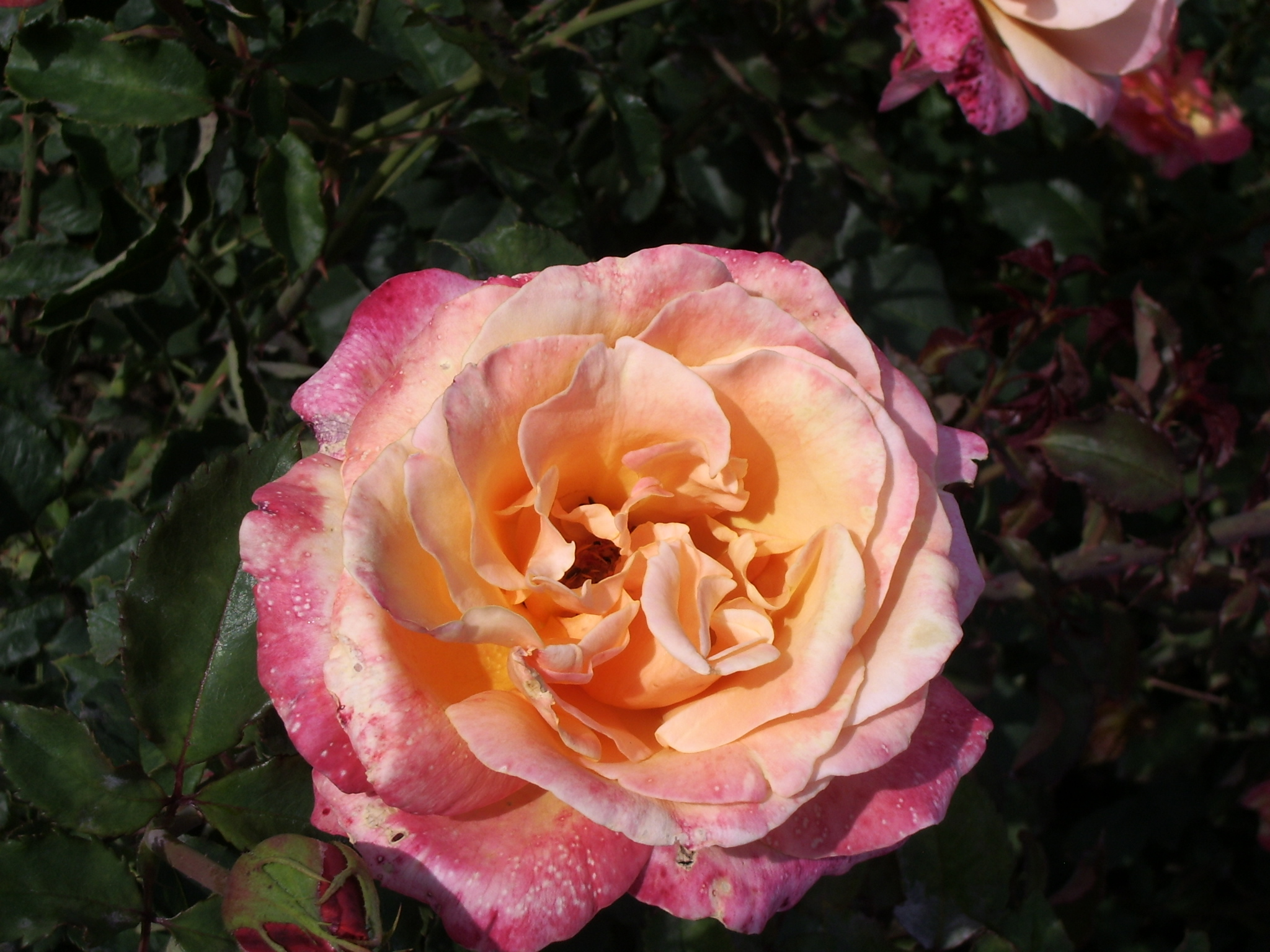
‘Lolita’, Kordes, 1972
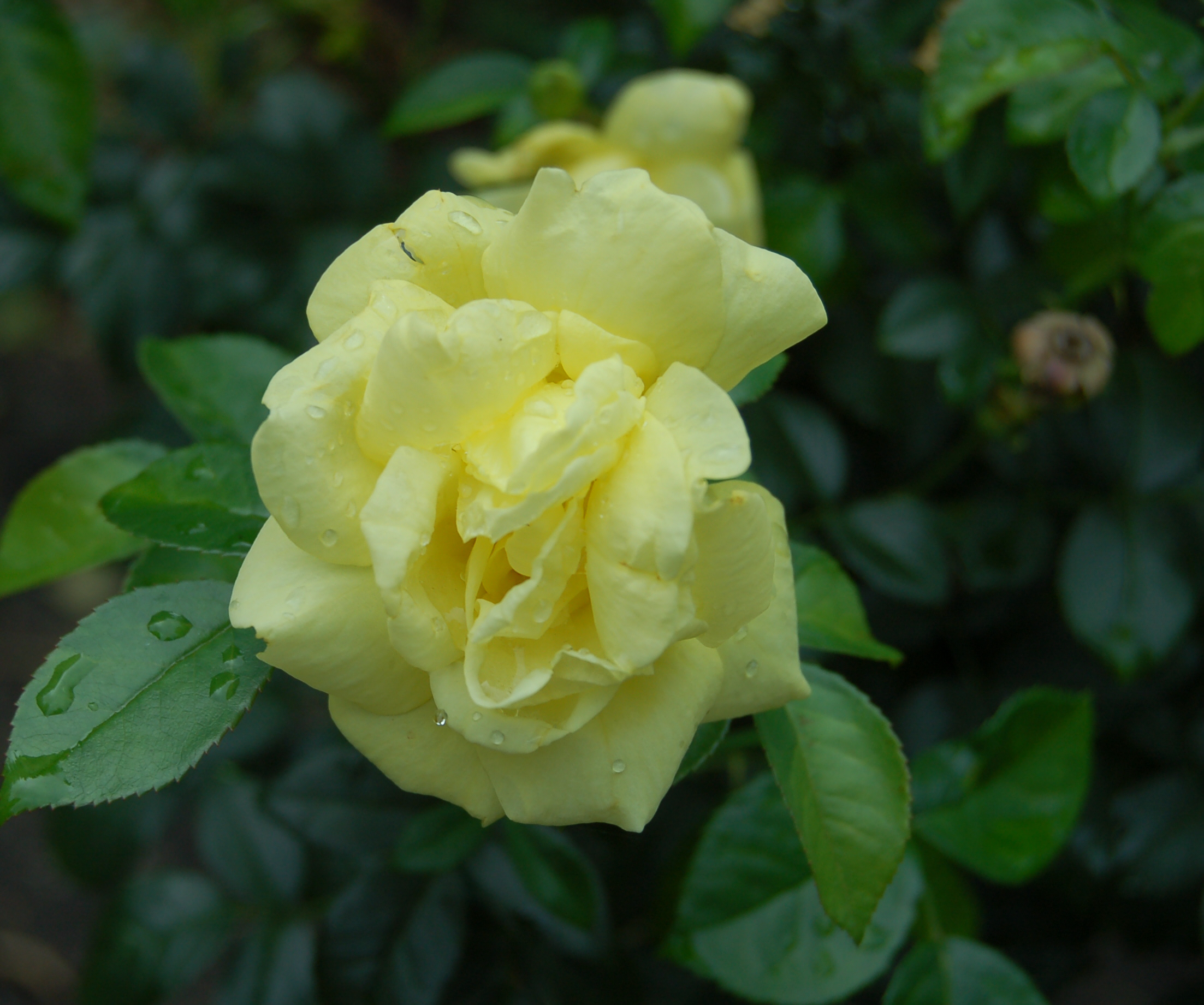
‘Loredo’, Noack, 2002
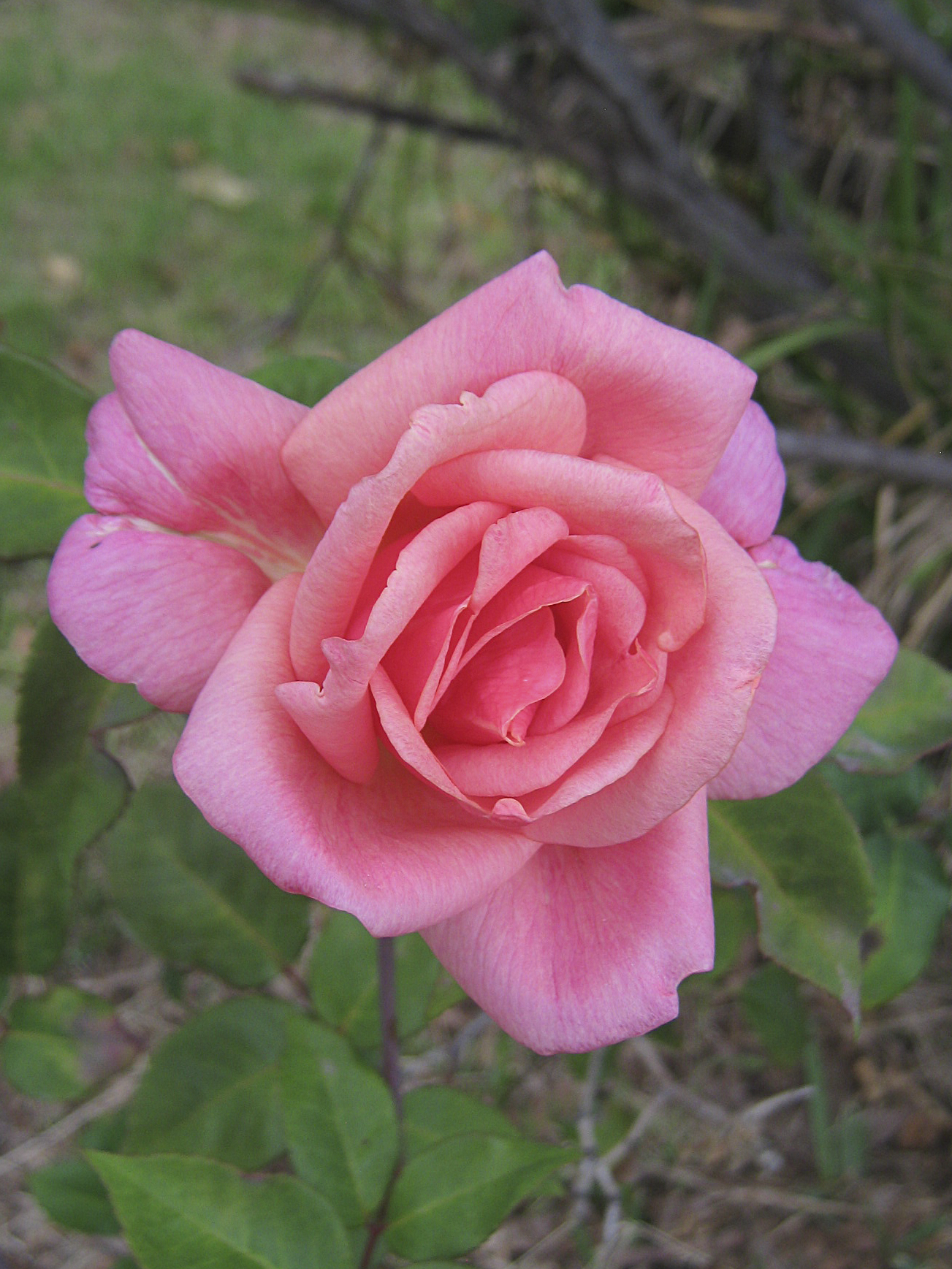
‘Lorraine Lee’, Alister Clark, 1924
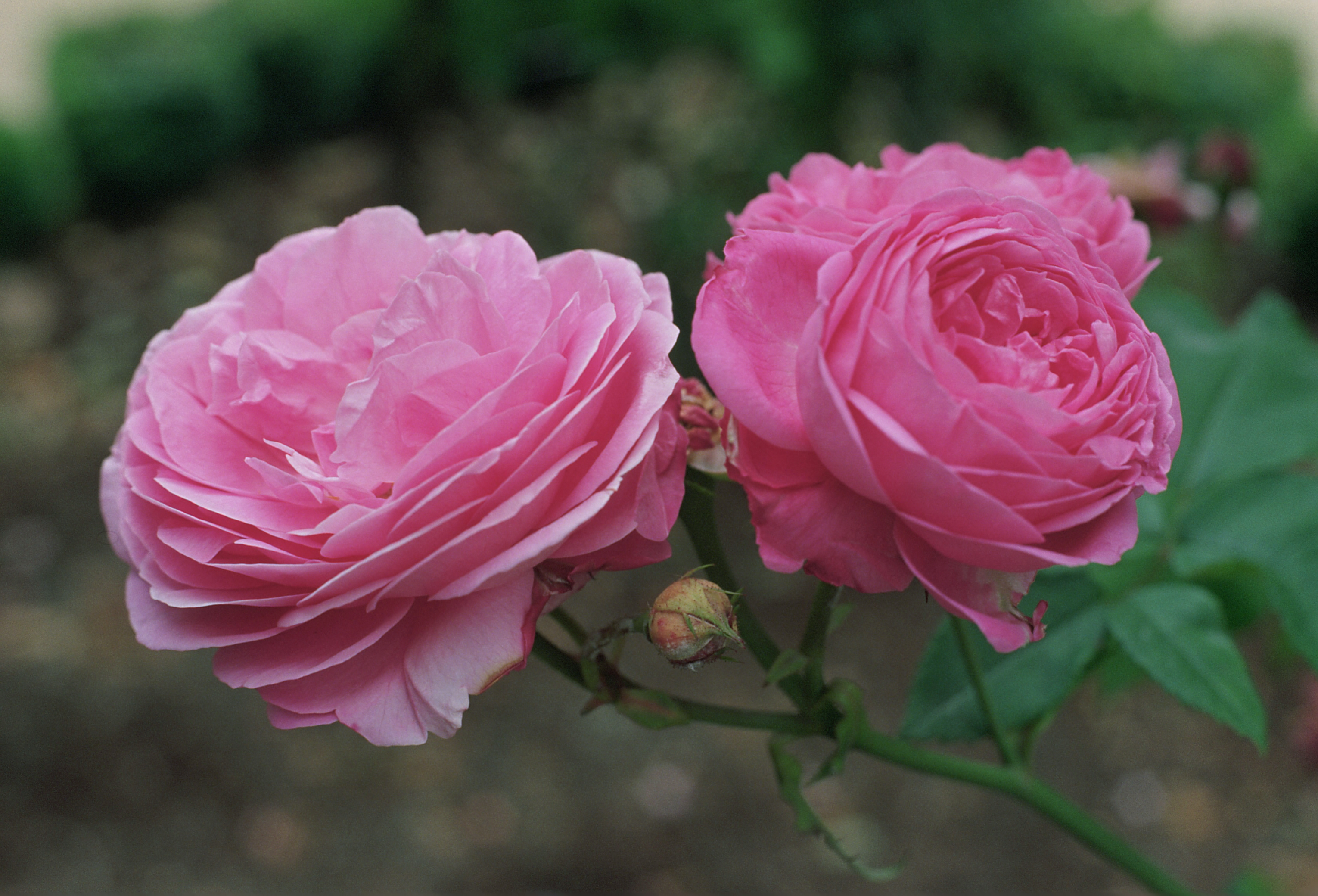
‘Louise Odier’, Margottin, 1851
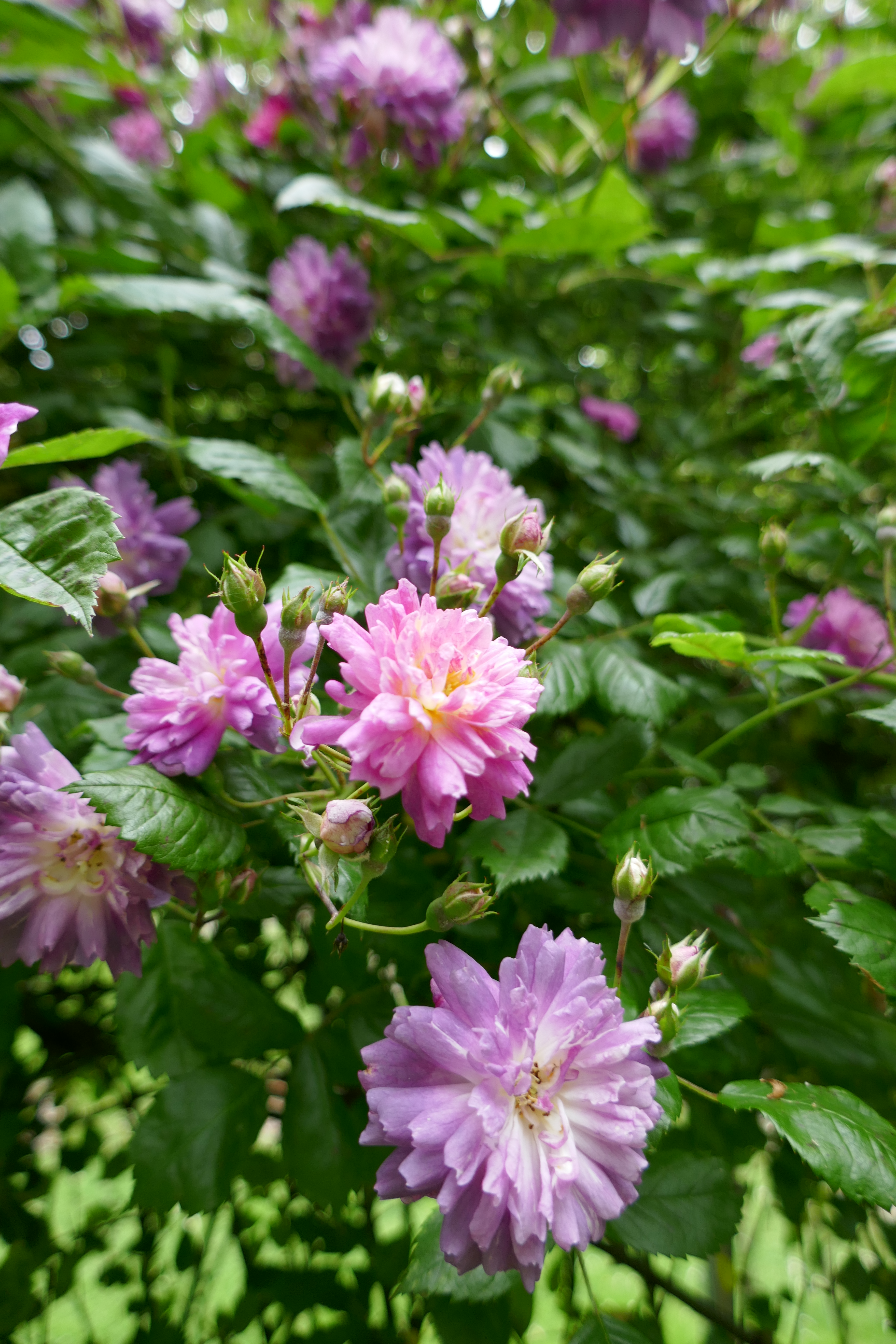
‘Louis mon Ami’, Louette, 2000
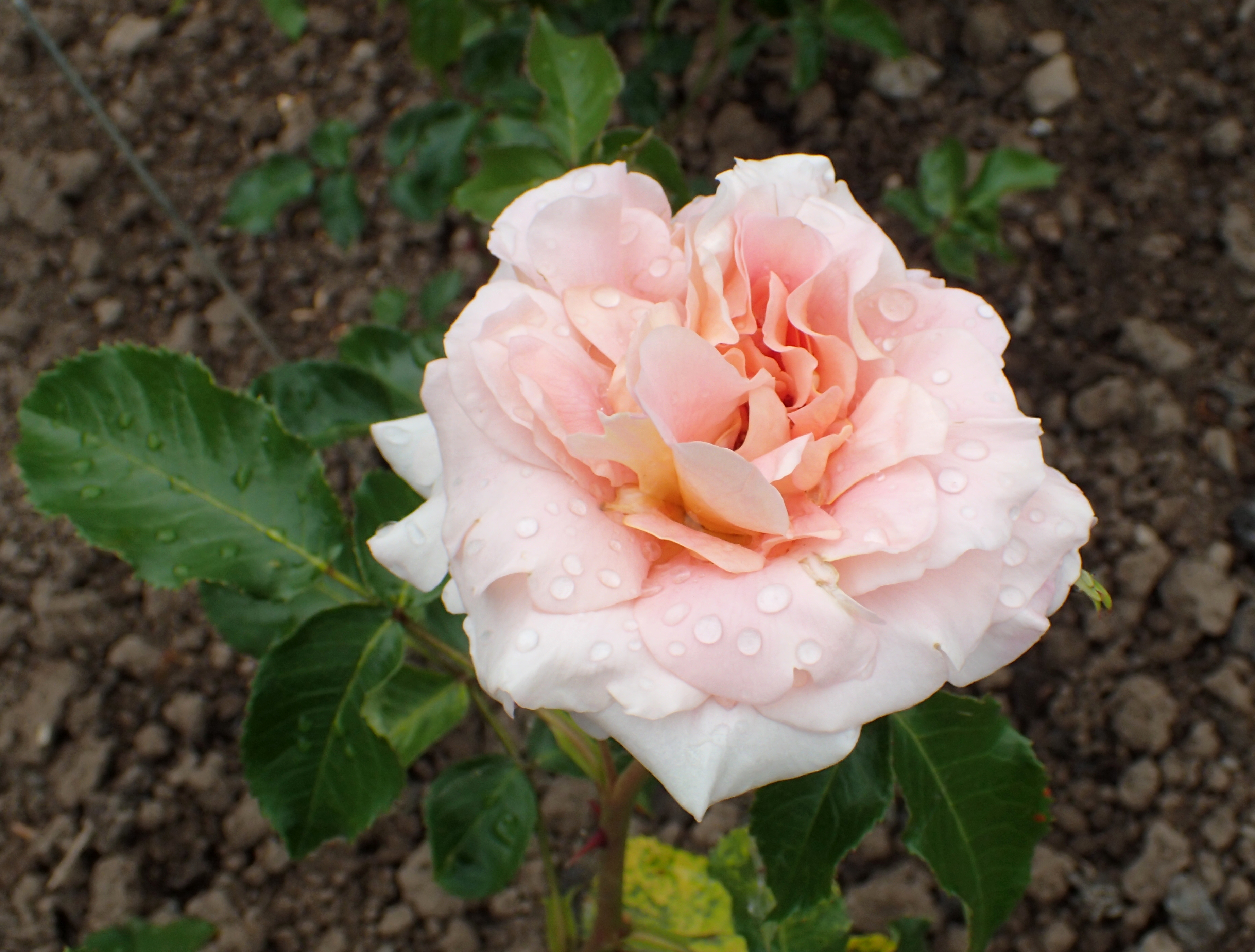
‘Louis Pajotin’, Charles Mallerin, vor 1938
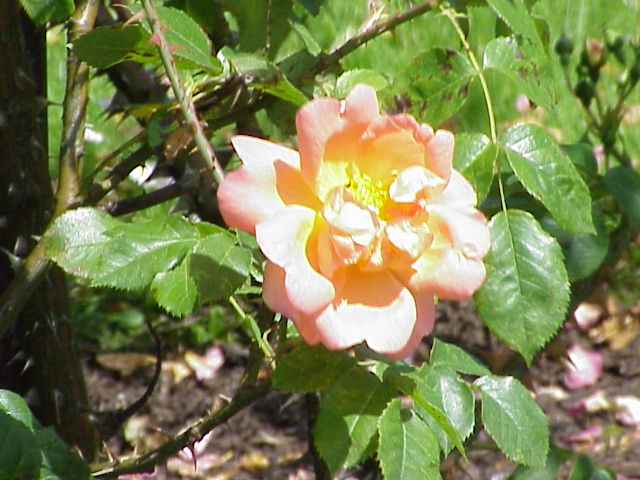
‘Louis Rödiger’, Kordes, 1935
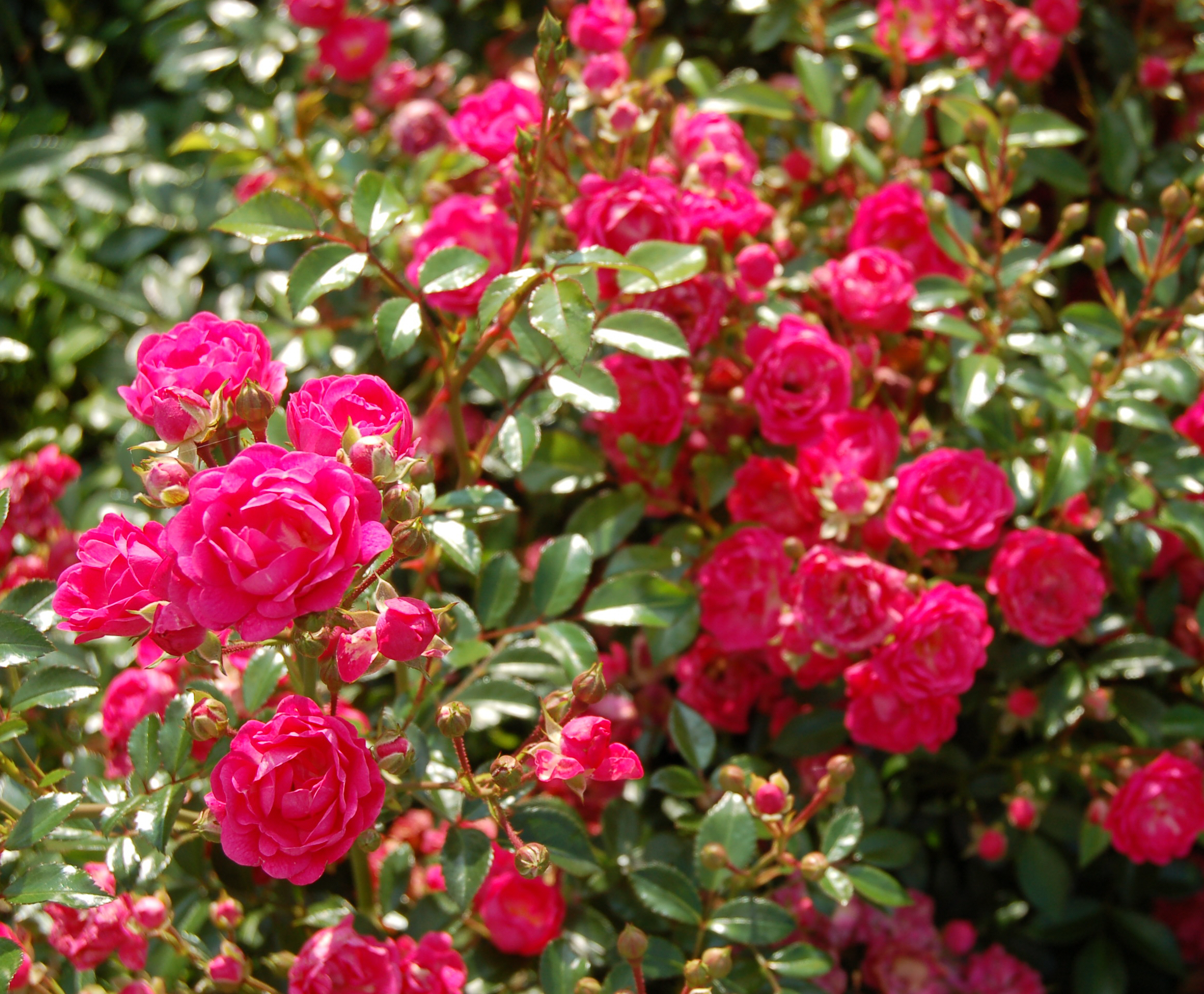
‘Lovely Fairy’, Vurens-Spek, 1992
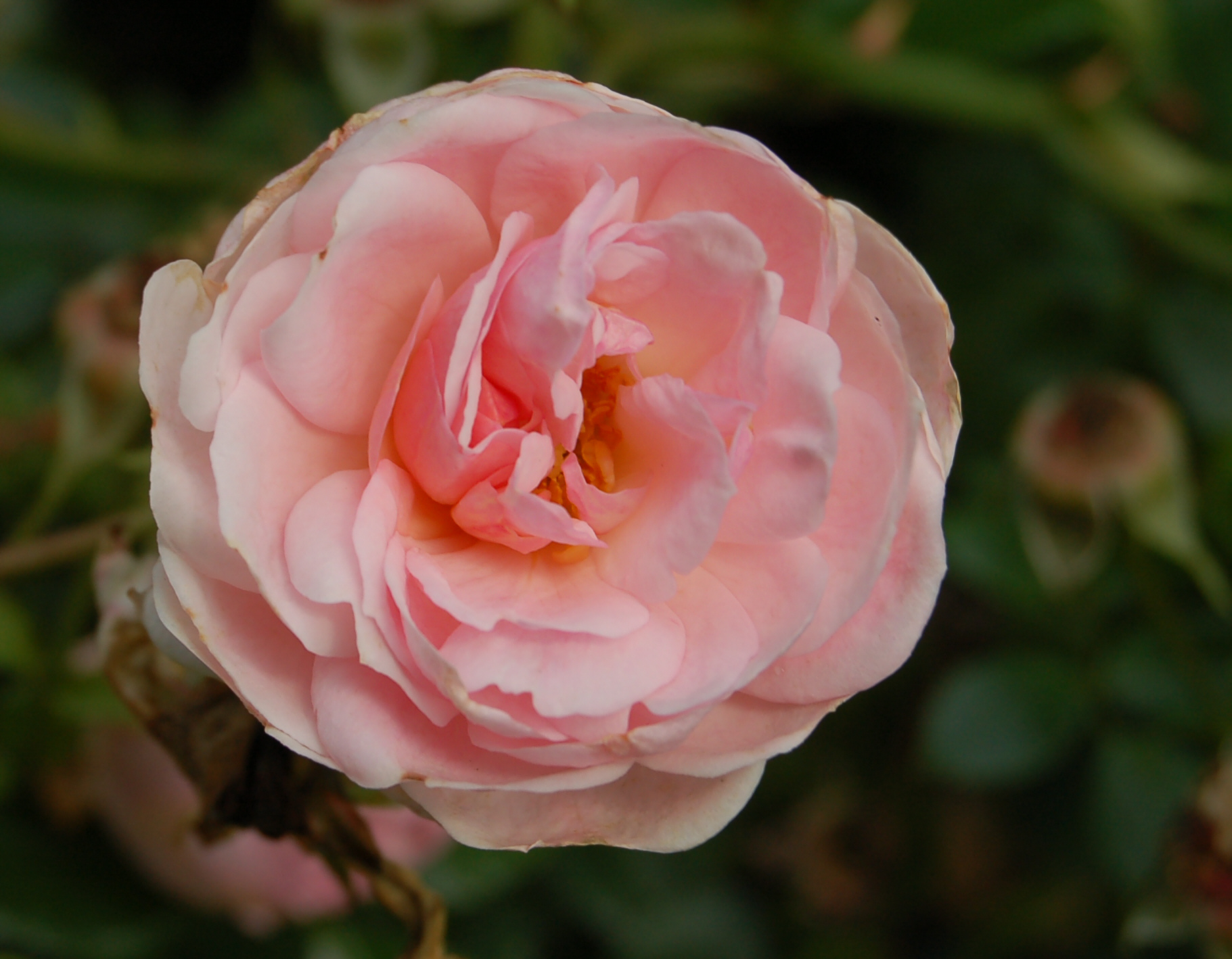
‘Lovely Meidiland’, Meilland, 1999
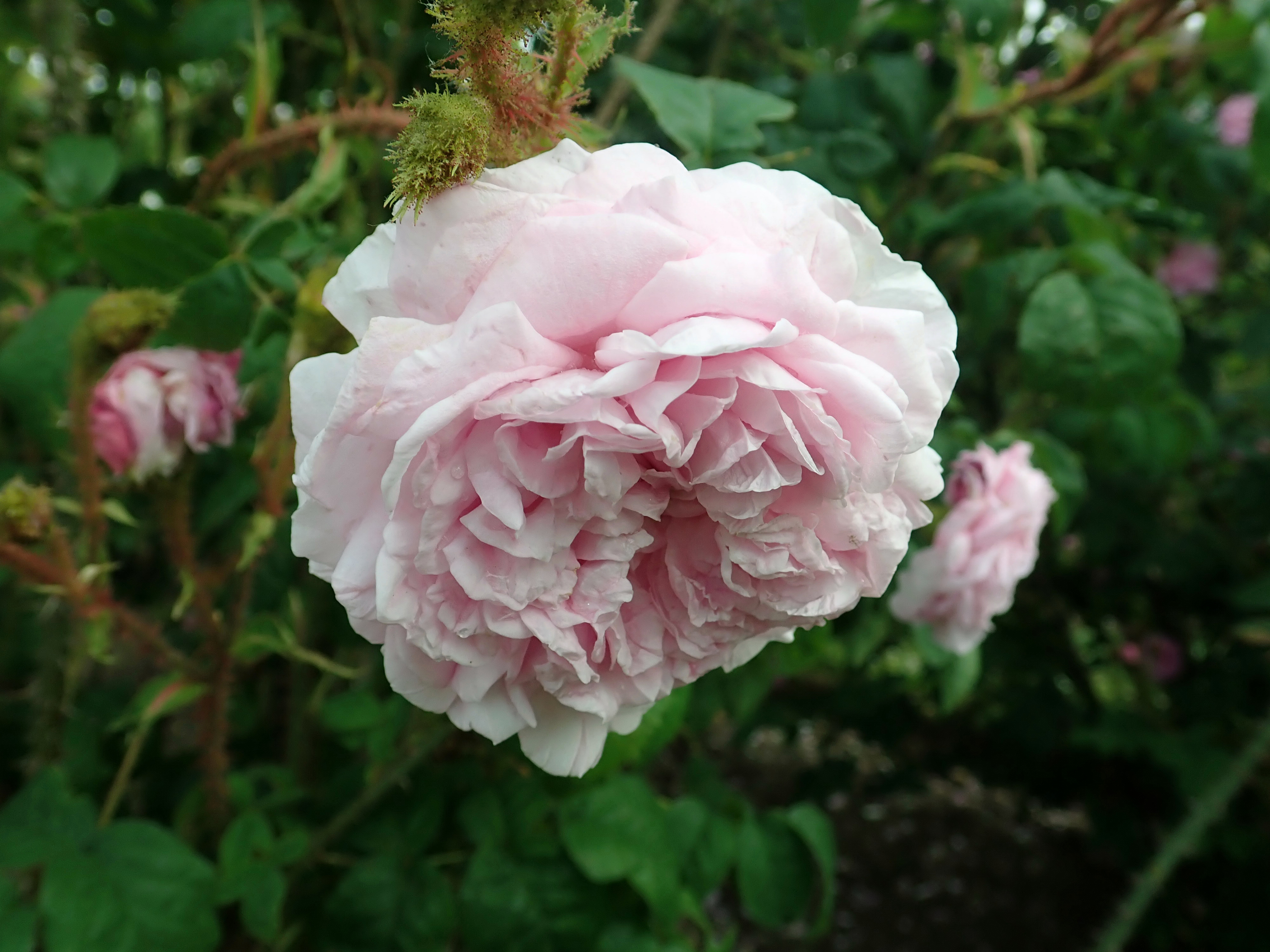
‘Lucie Duplessis’, M. Robert, 1853
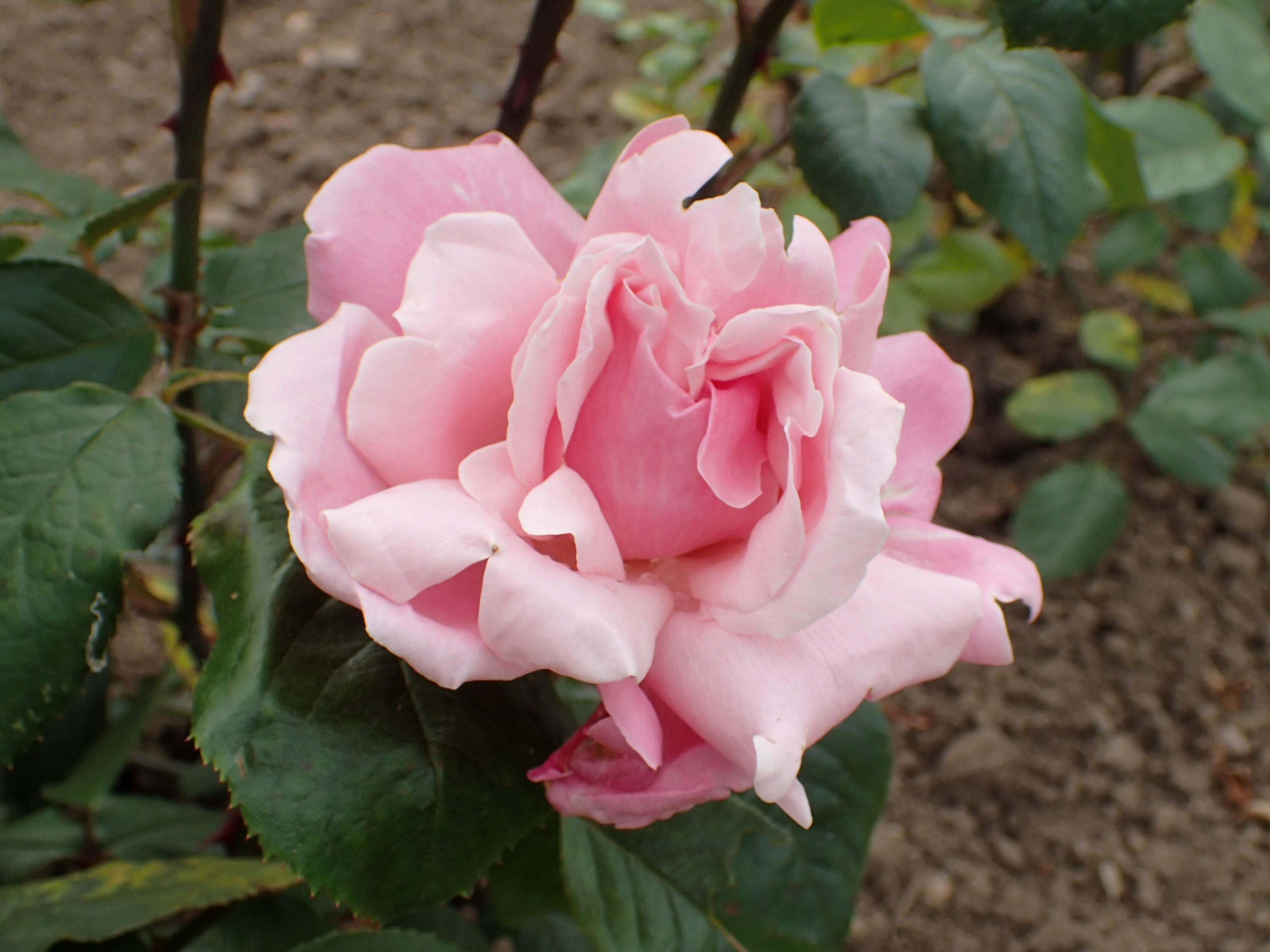
‘Lucky Lady’, Armstrong/Swim, 1966
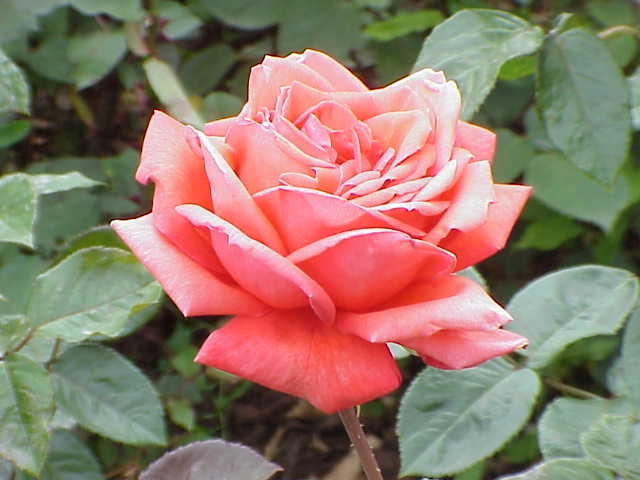
‘Lucy Cramphorn’, Kriloff, 1960
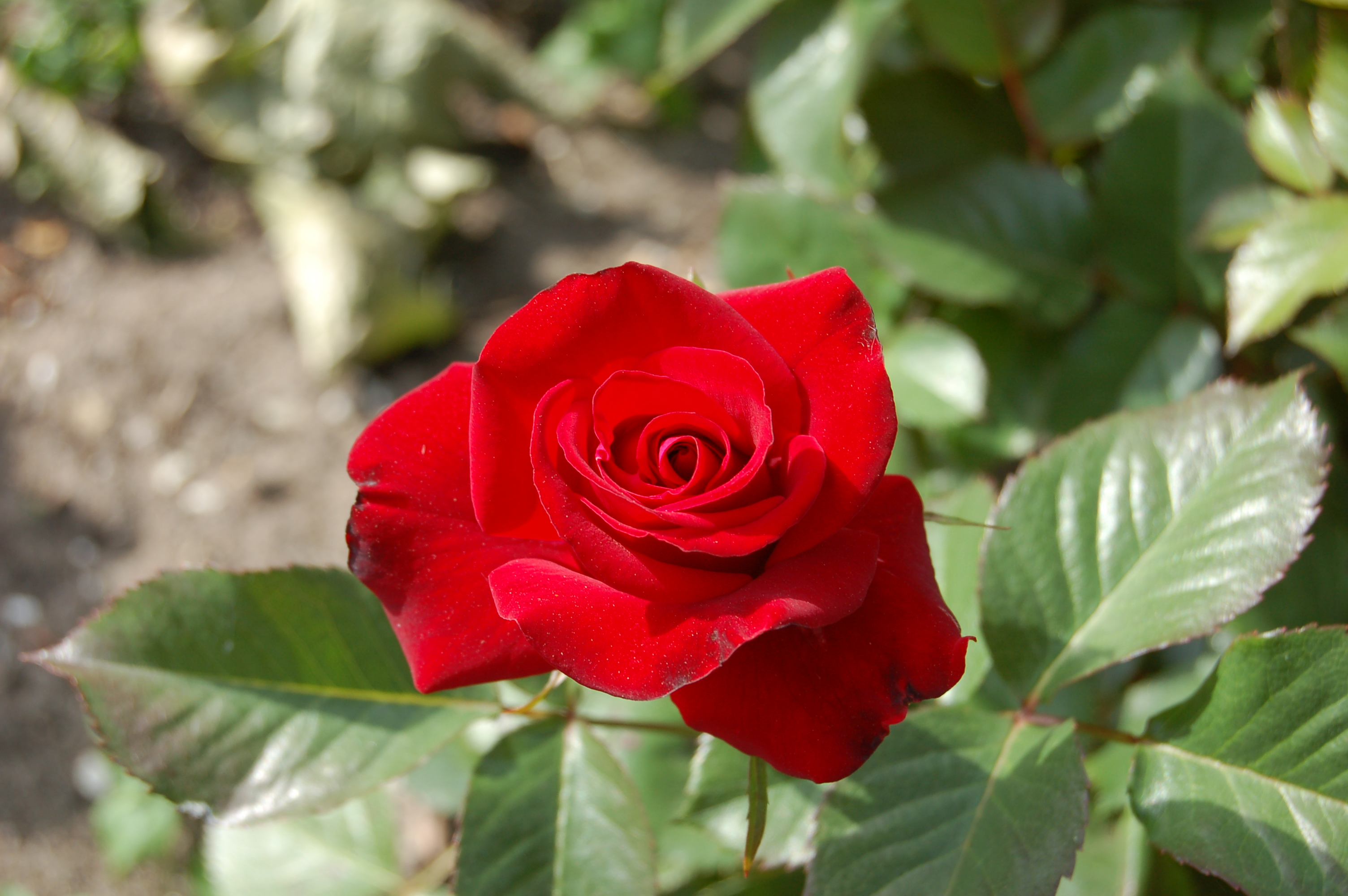
‘Lübecker-Rotspon’, Tantau, 1990
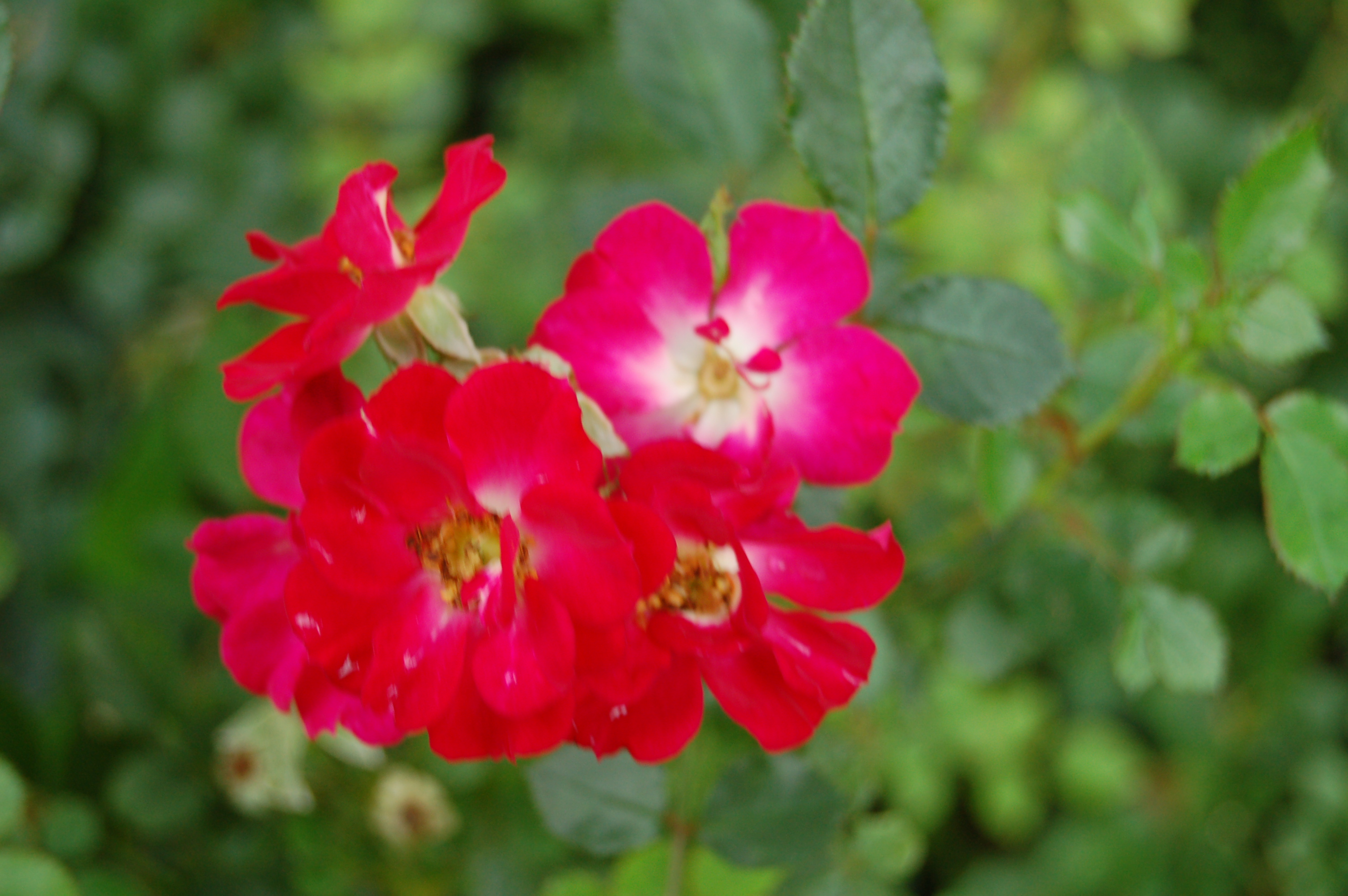
‘Lupo’, Evers, 2001
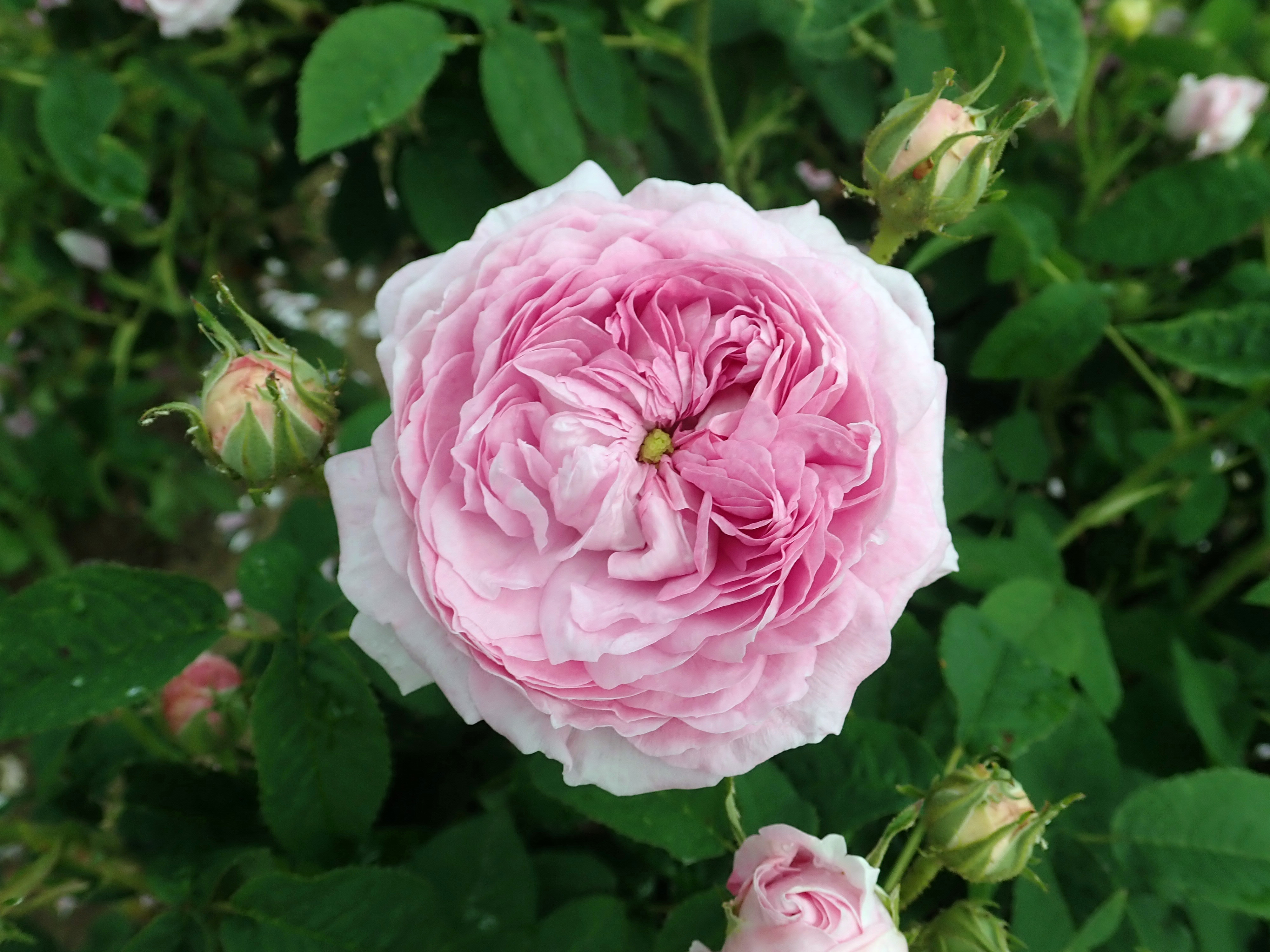
‘Lustre d’Englise’, vor 1790
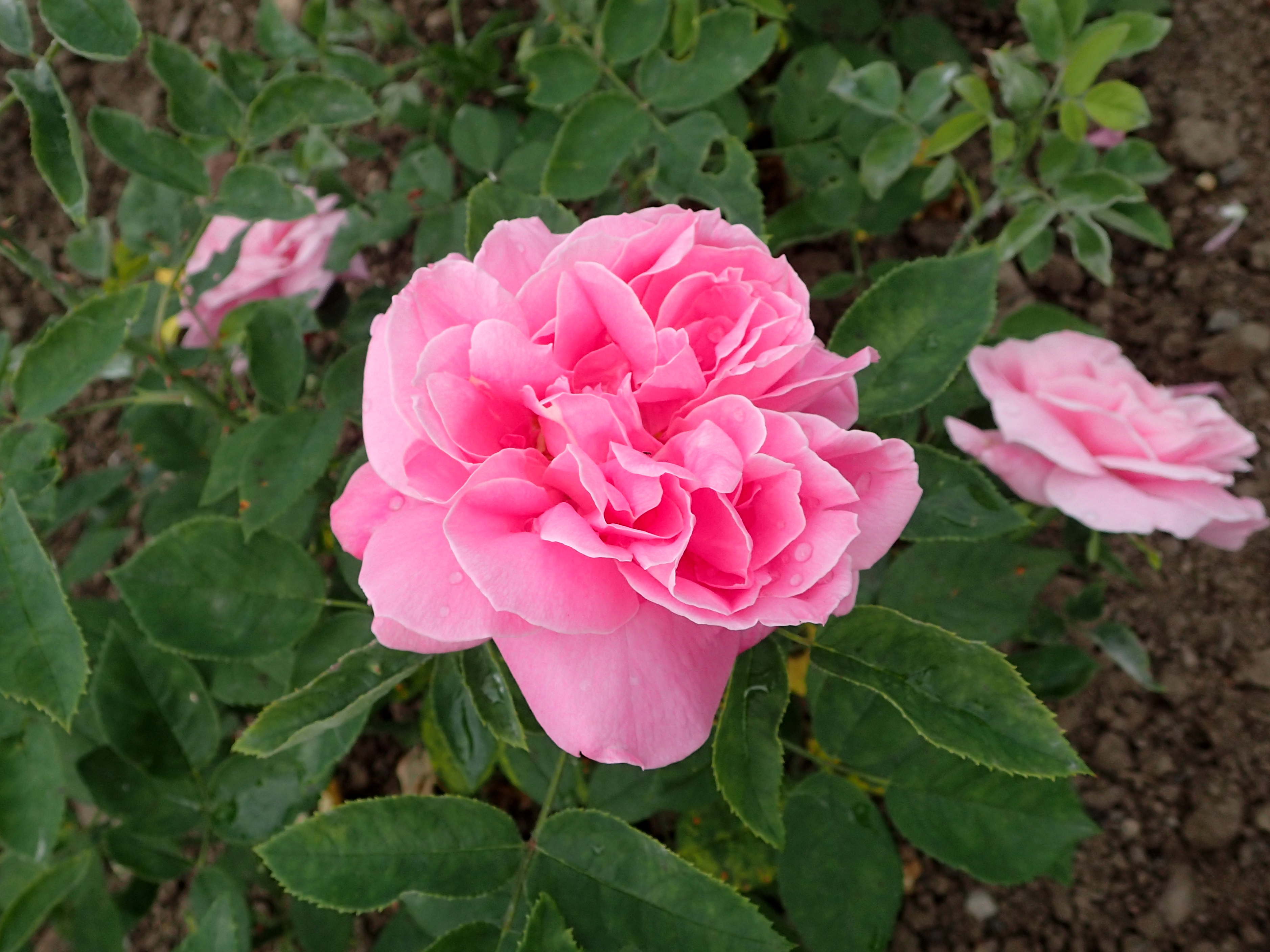
‘Lydia Grimm’, Geduldig, 1907
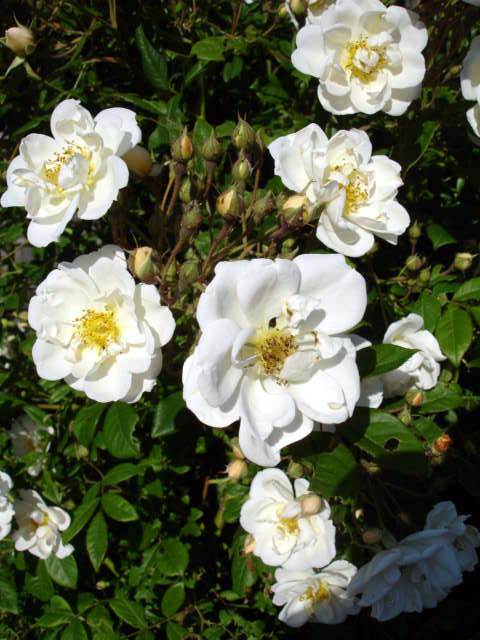
‘Lykkefund’, Olsen, 1930
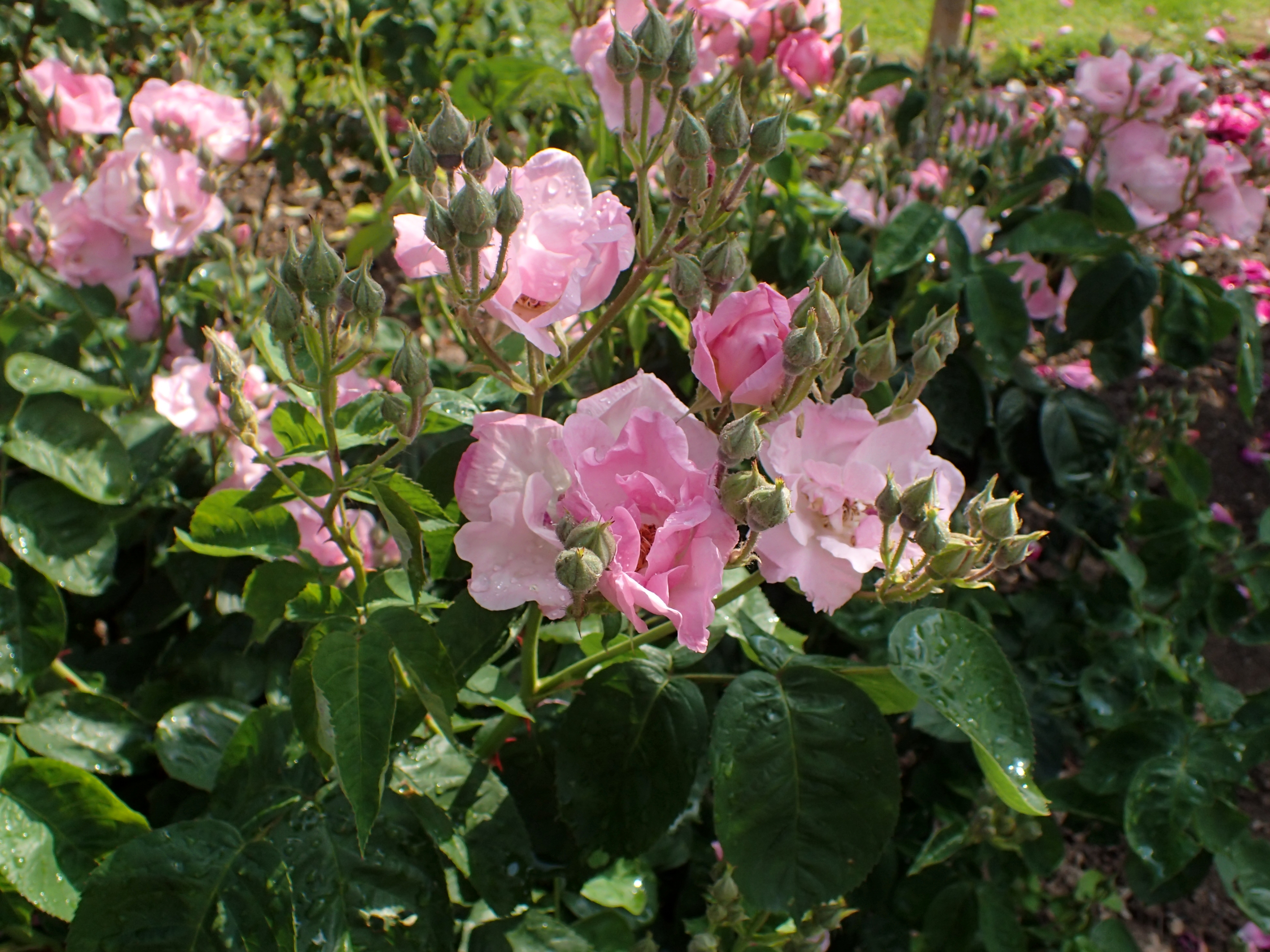
‘Lyric’, De Ruiter, 1951

## M

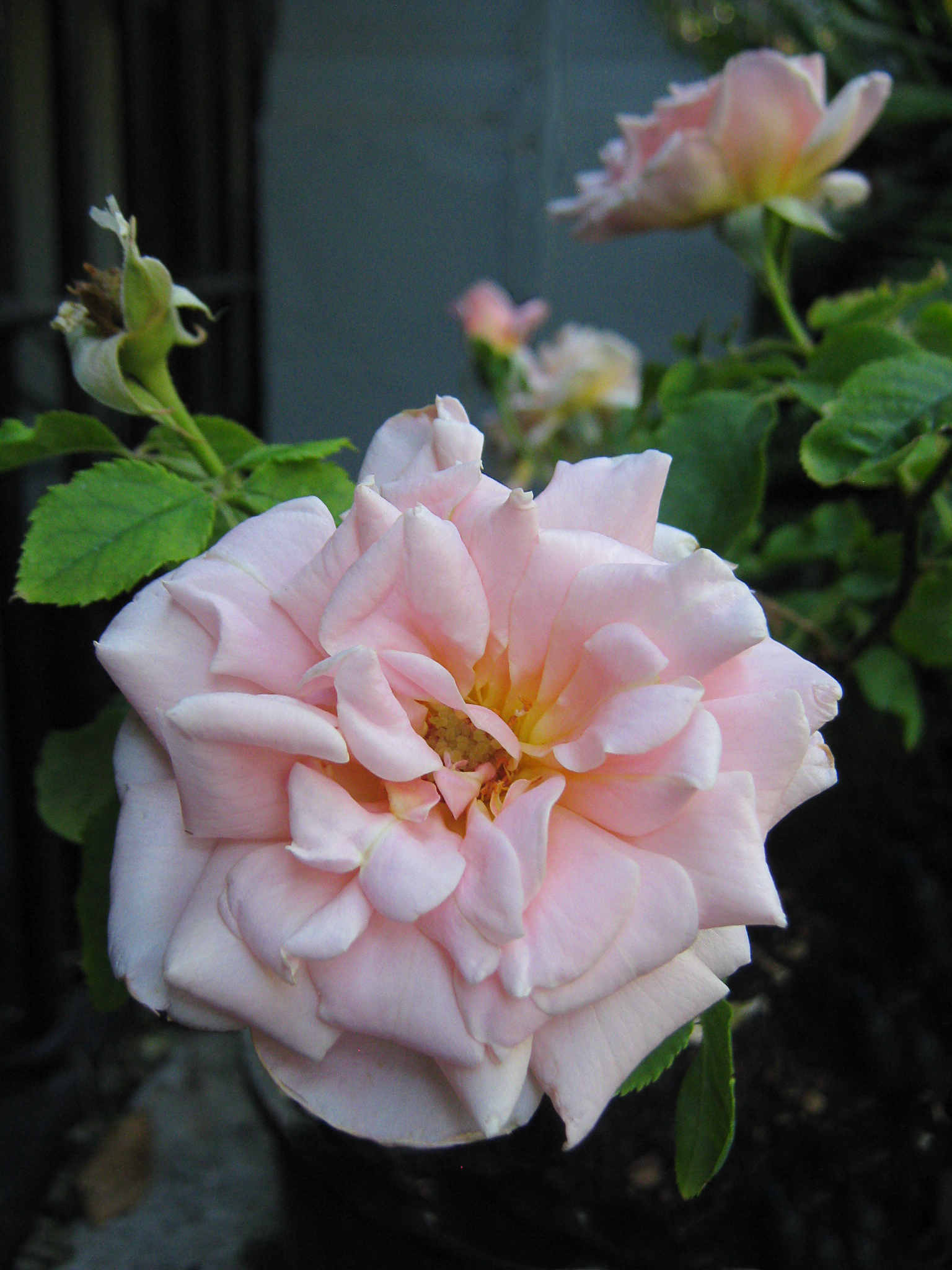
‘Mab Grimwade’, Alister Clark, 1937
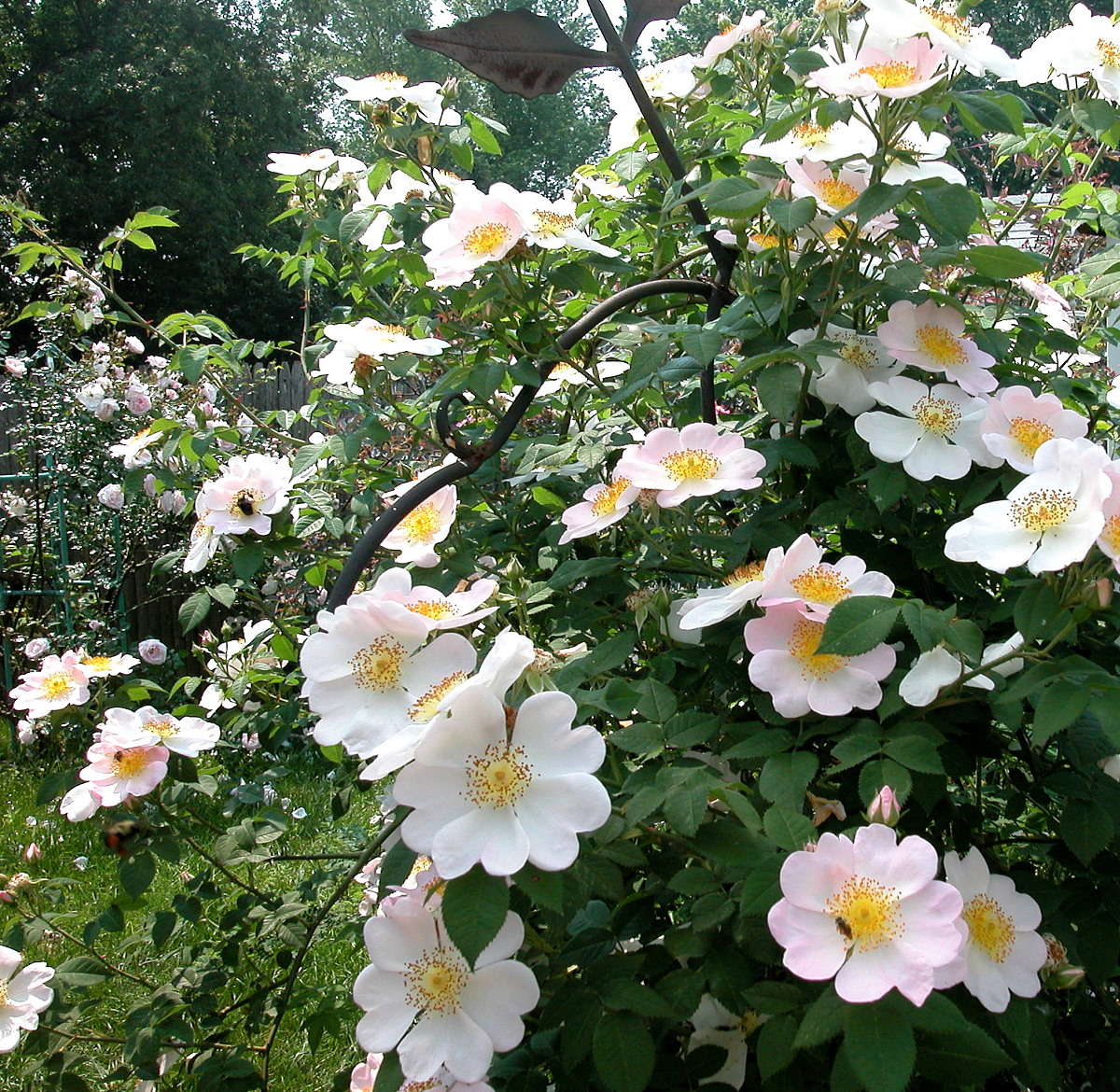
‘Macrantha’, ?
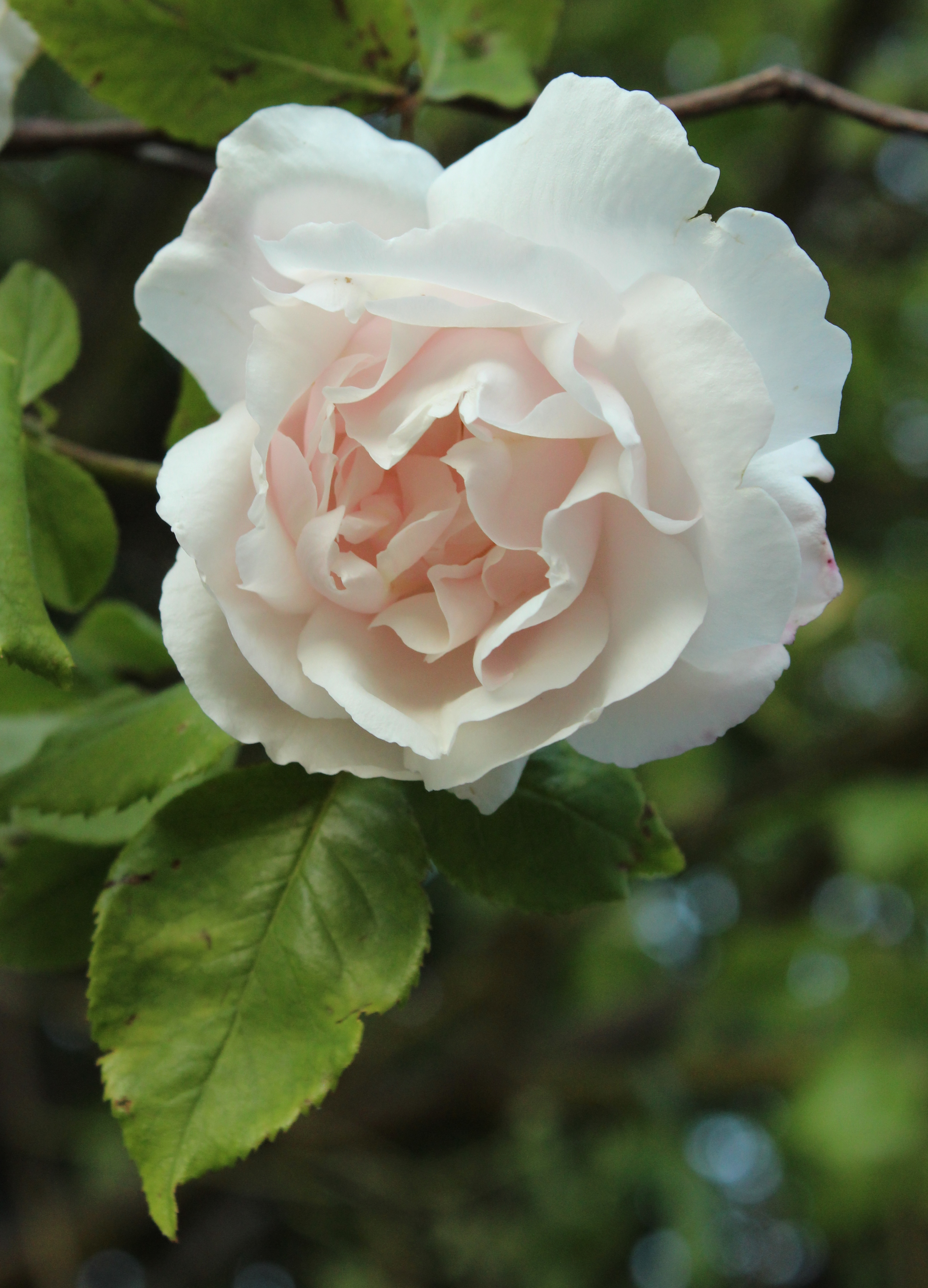
‘Madame Alfred Carriere’, Joseph Schwartz, 1875
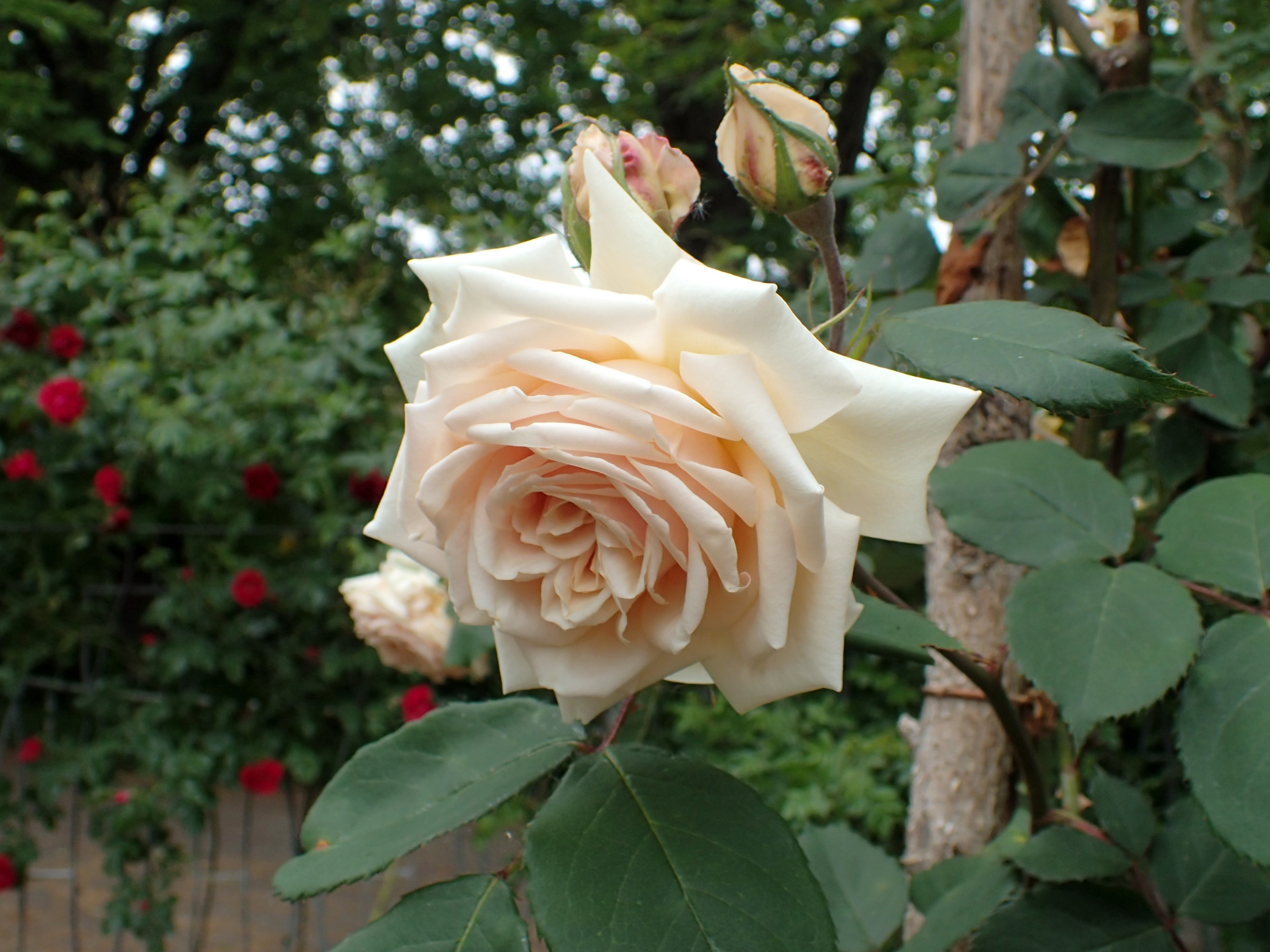
‘Madame Bérard’, Antoine Levet, 1870
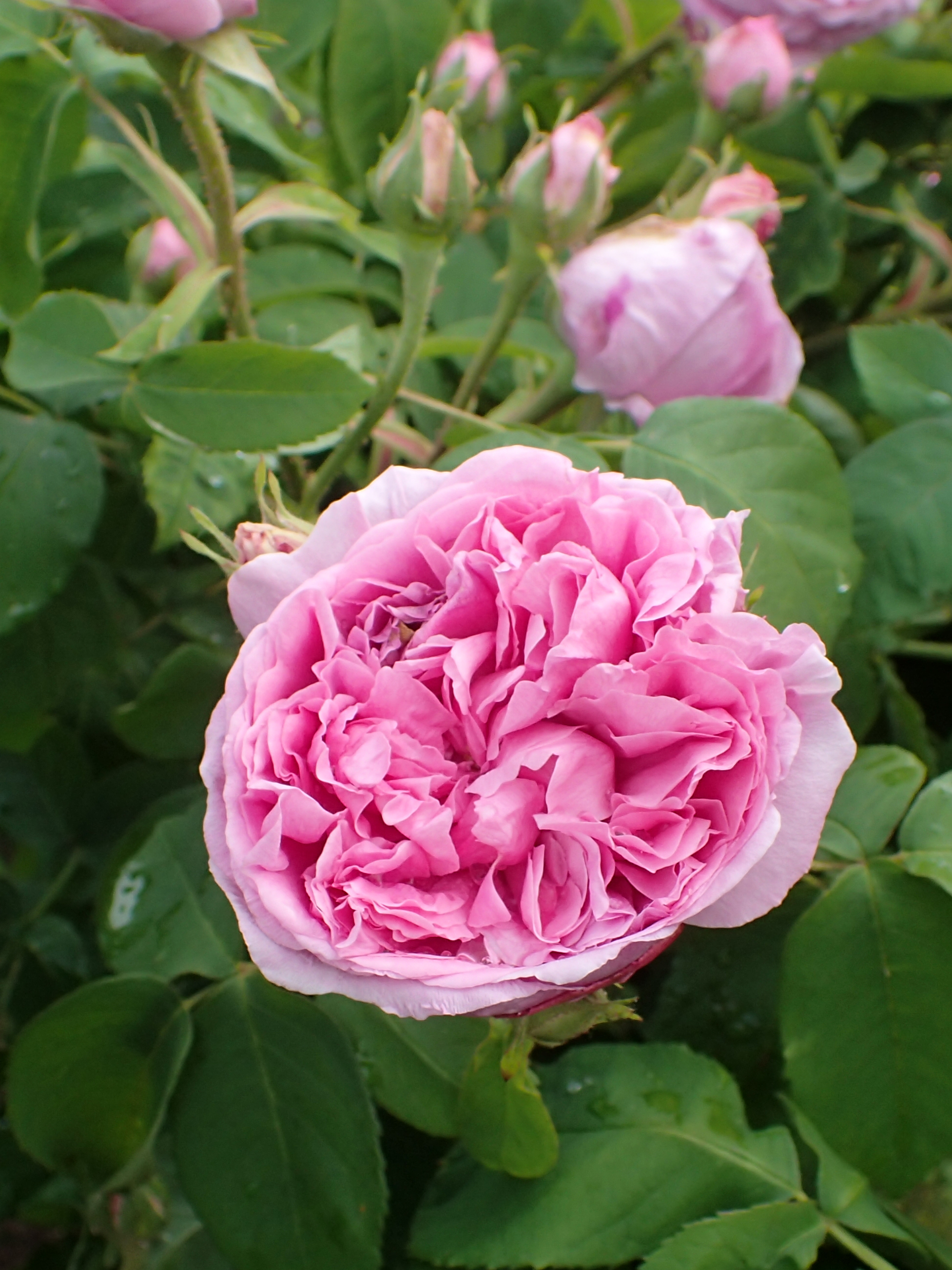
‘Madame Boll’, Daniel Boll, 1843
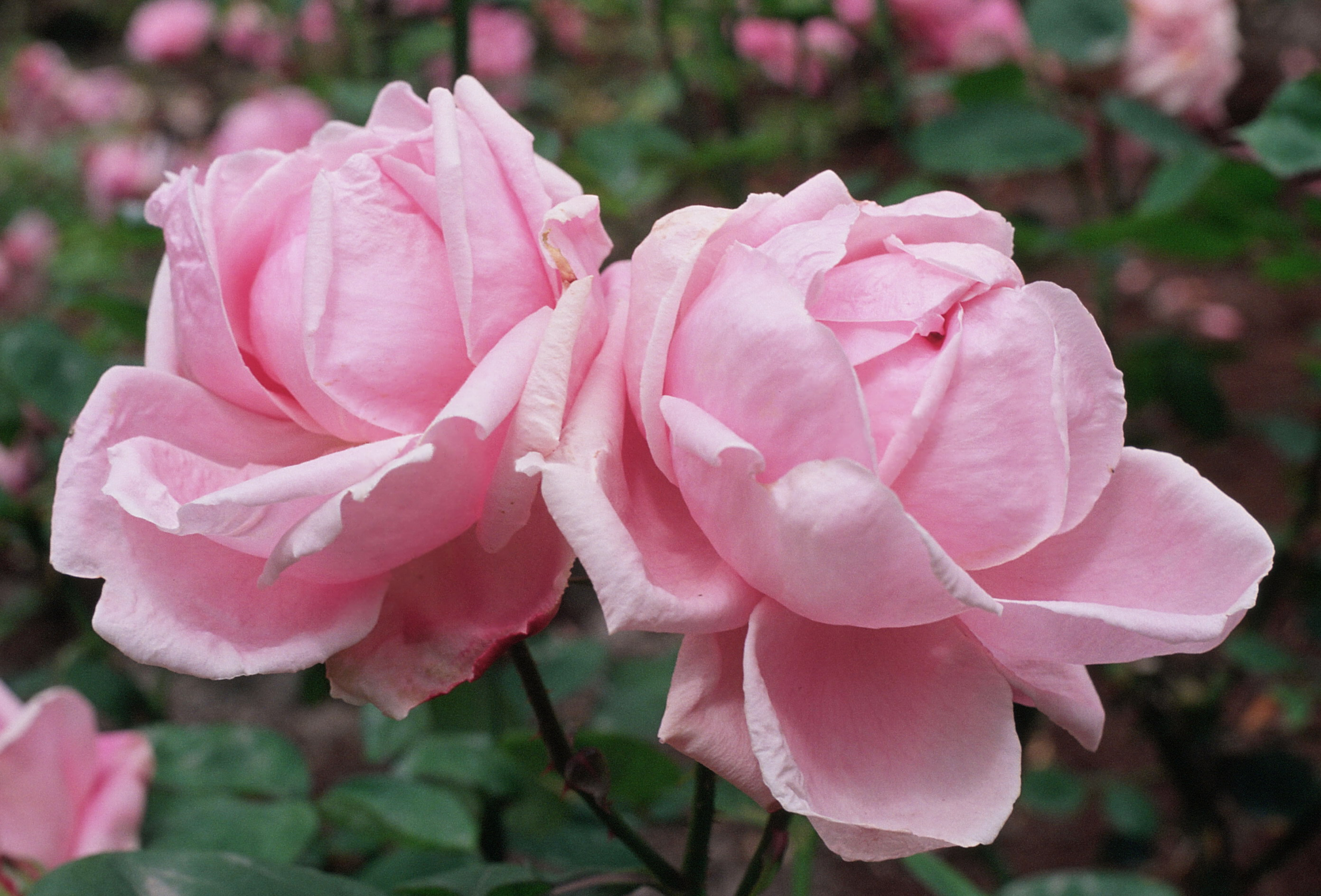
‘Madame Caroline Testout’, Pernet-Ducher, 1890
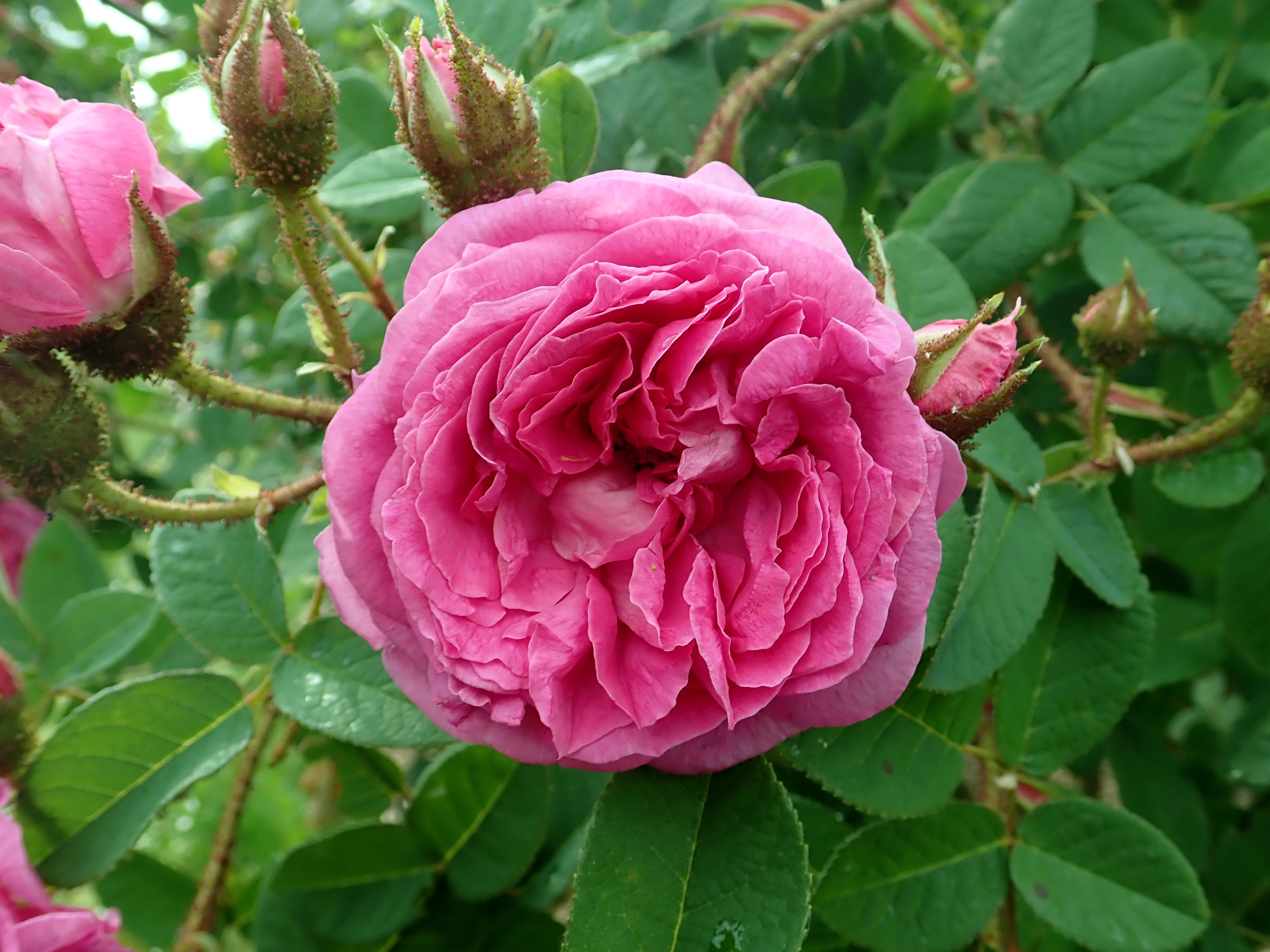
‘Madame de la Roche-Lambert’, M. Robert, 1851
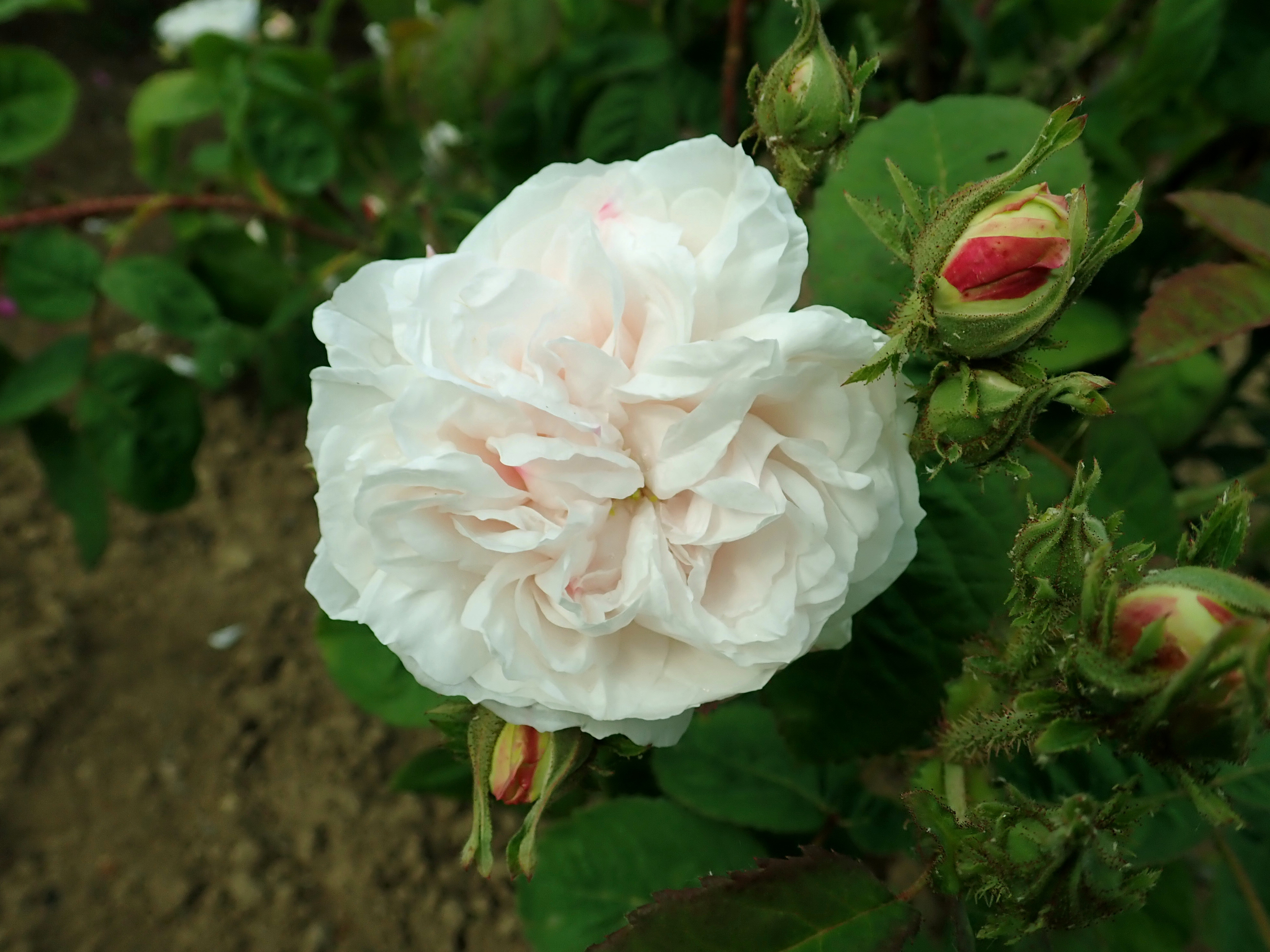
‘Madame d’Hébray’, Pradel, 1820
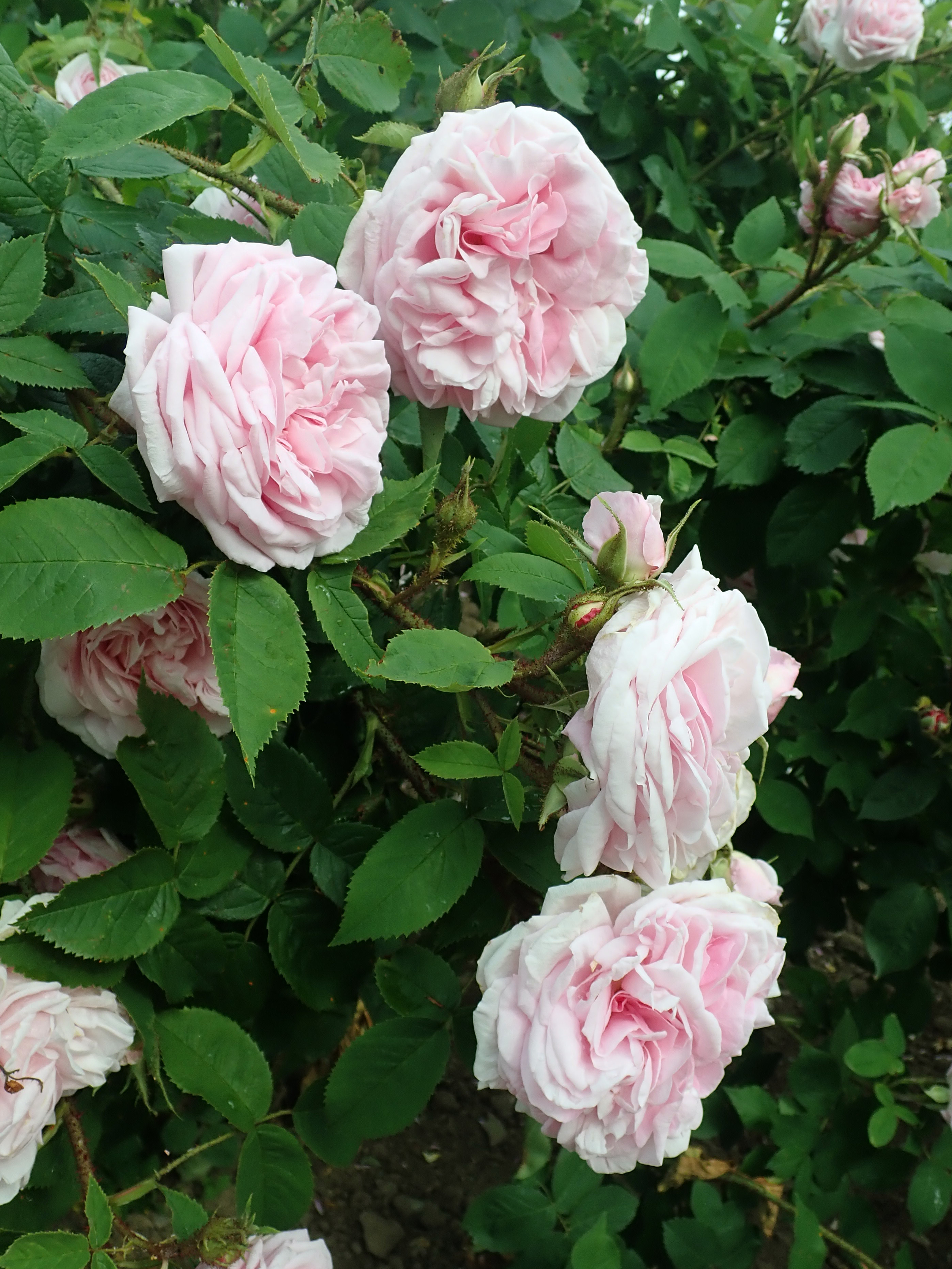
‘Madame Edouard Ory’, M. Robert, 1854
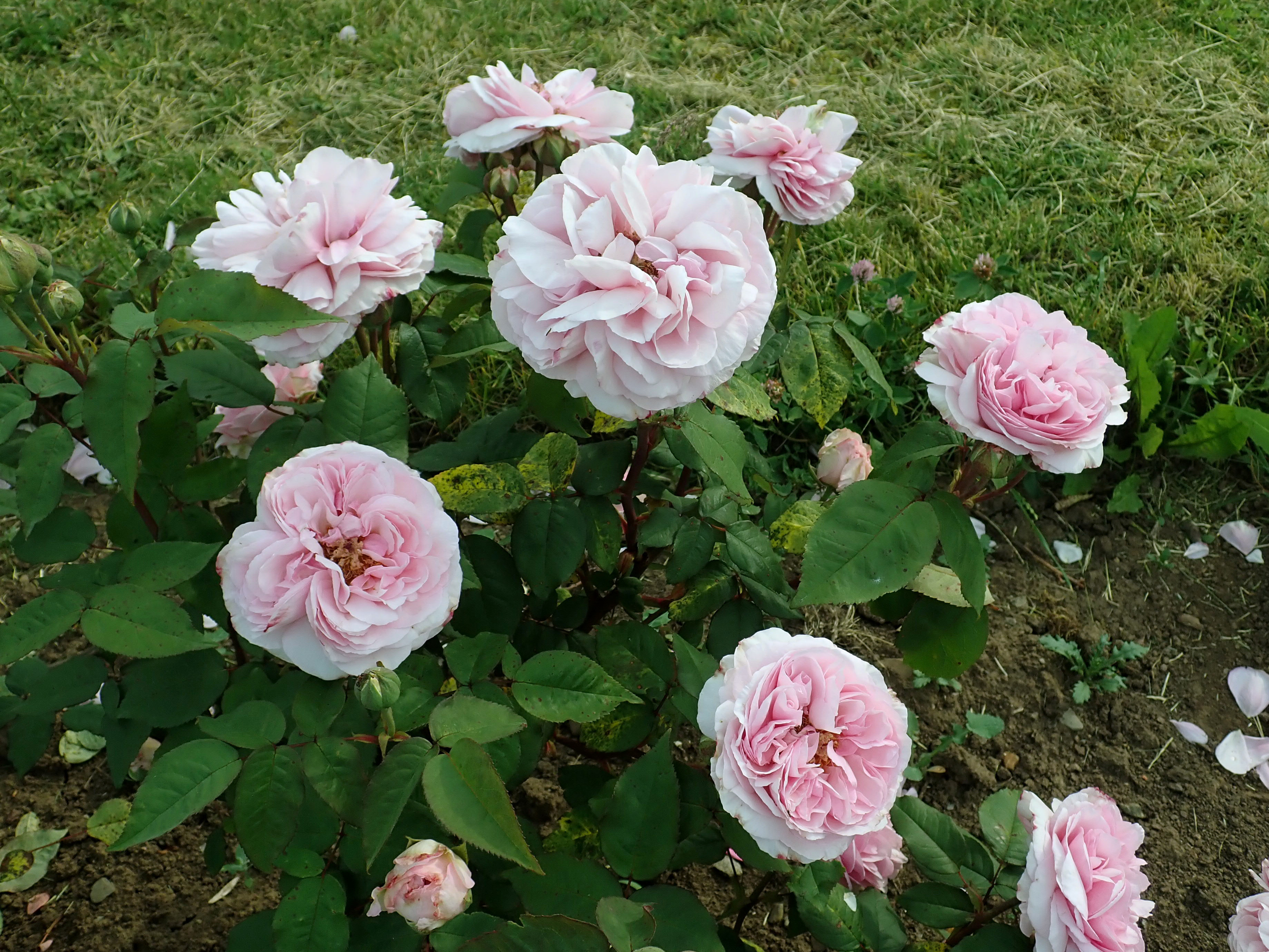
‘Madame Ernest Calvat’, Schwartz, 1888
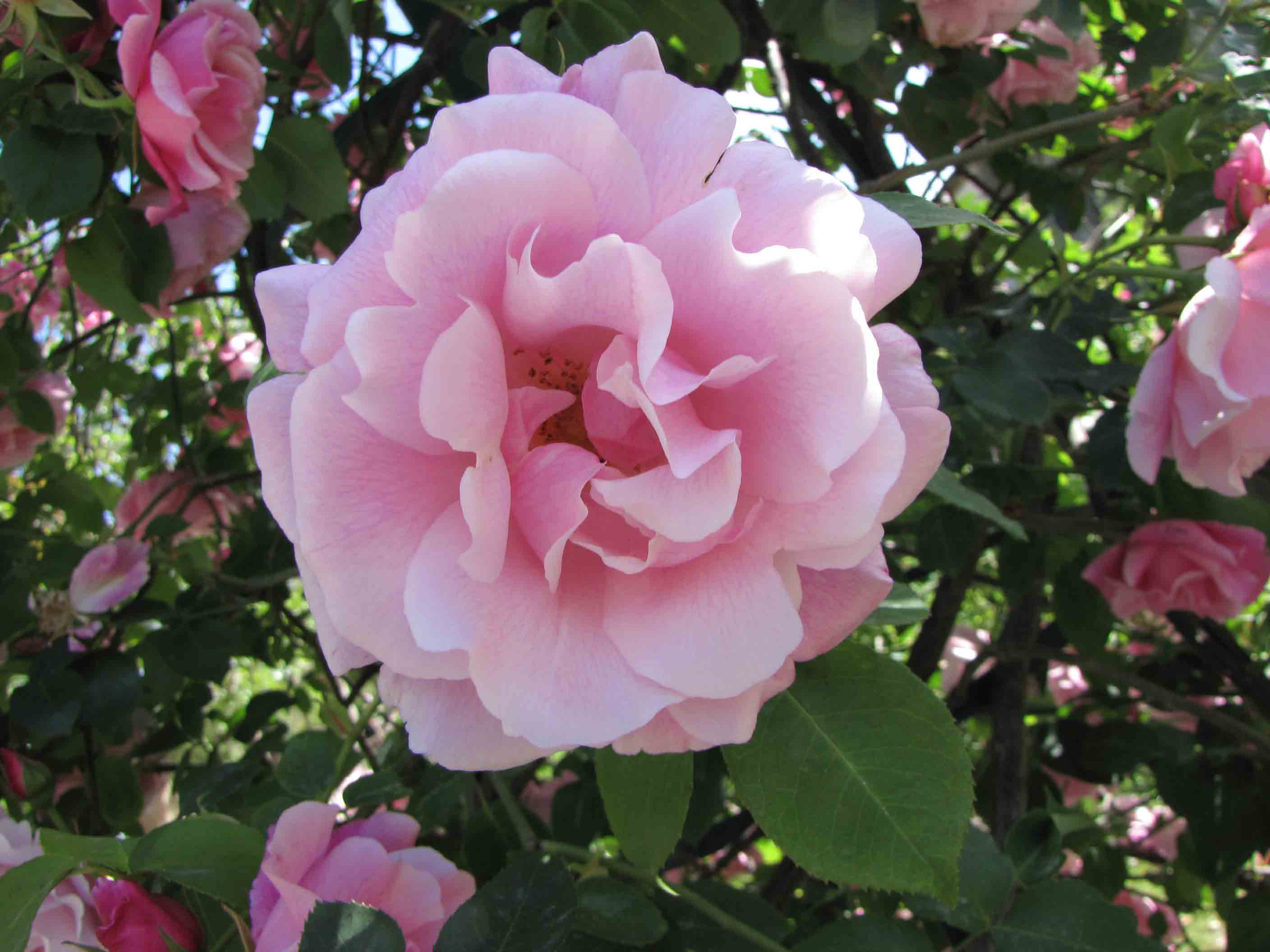
‘Madame Grégoire Staechelin’ (oder ‘La Belle Espagnole’), Pedro Dot, 1926
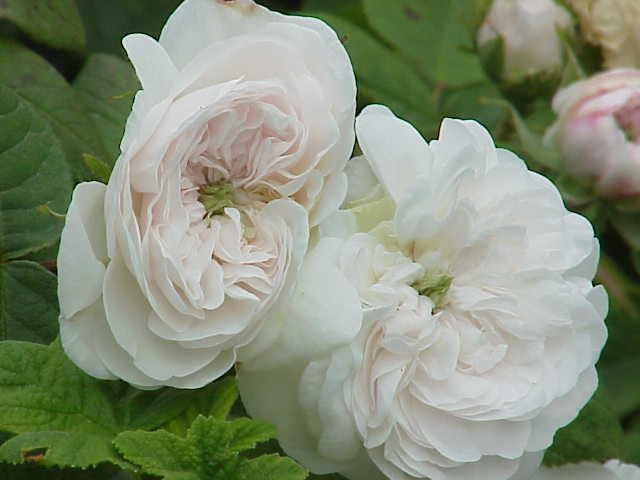
‘Madame Hardy’, Julien-Alexandre Hardy, 1831
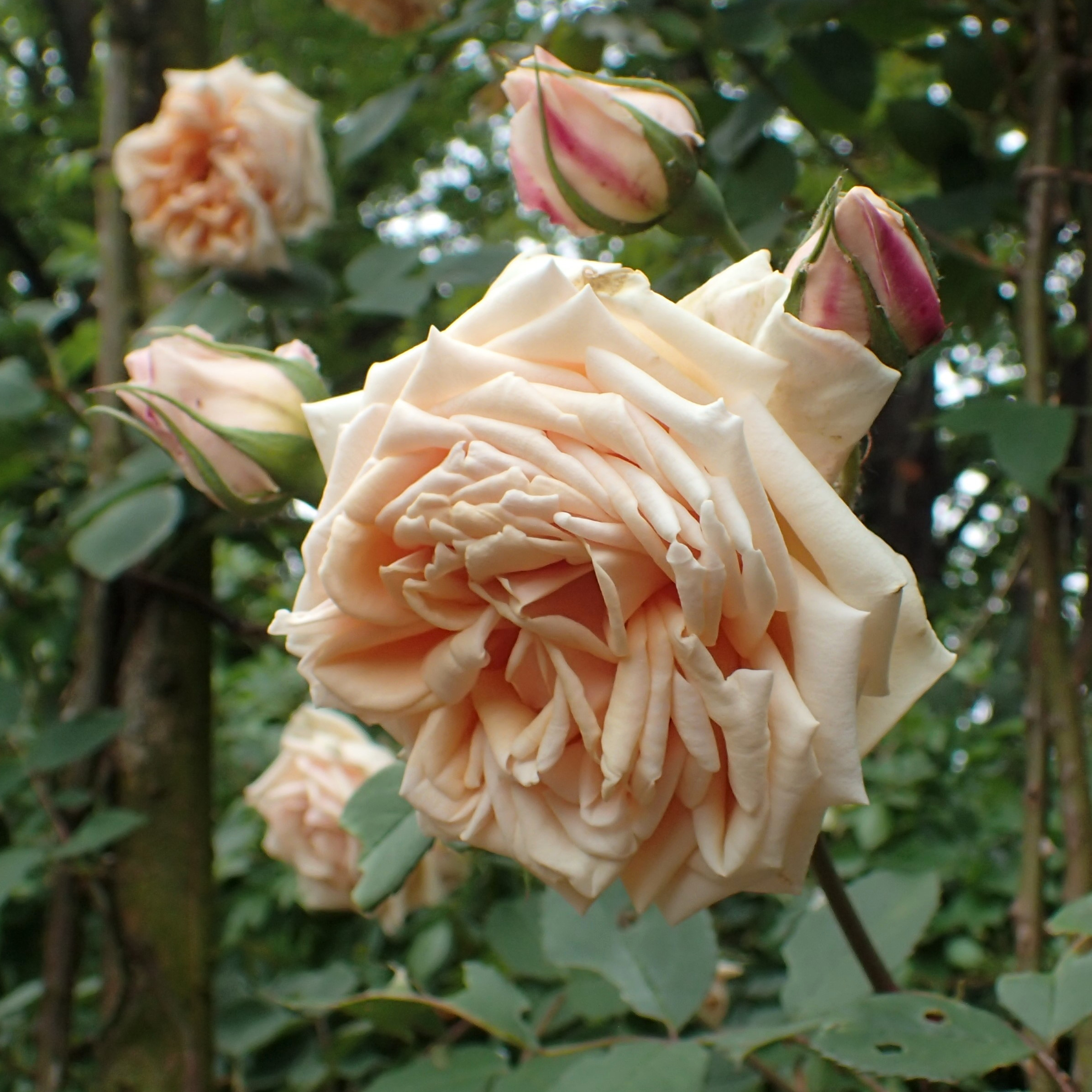
‘Madame Hector Leuillot’, Pernet-Ducher, 1903
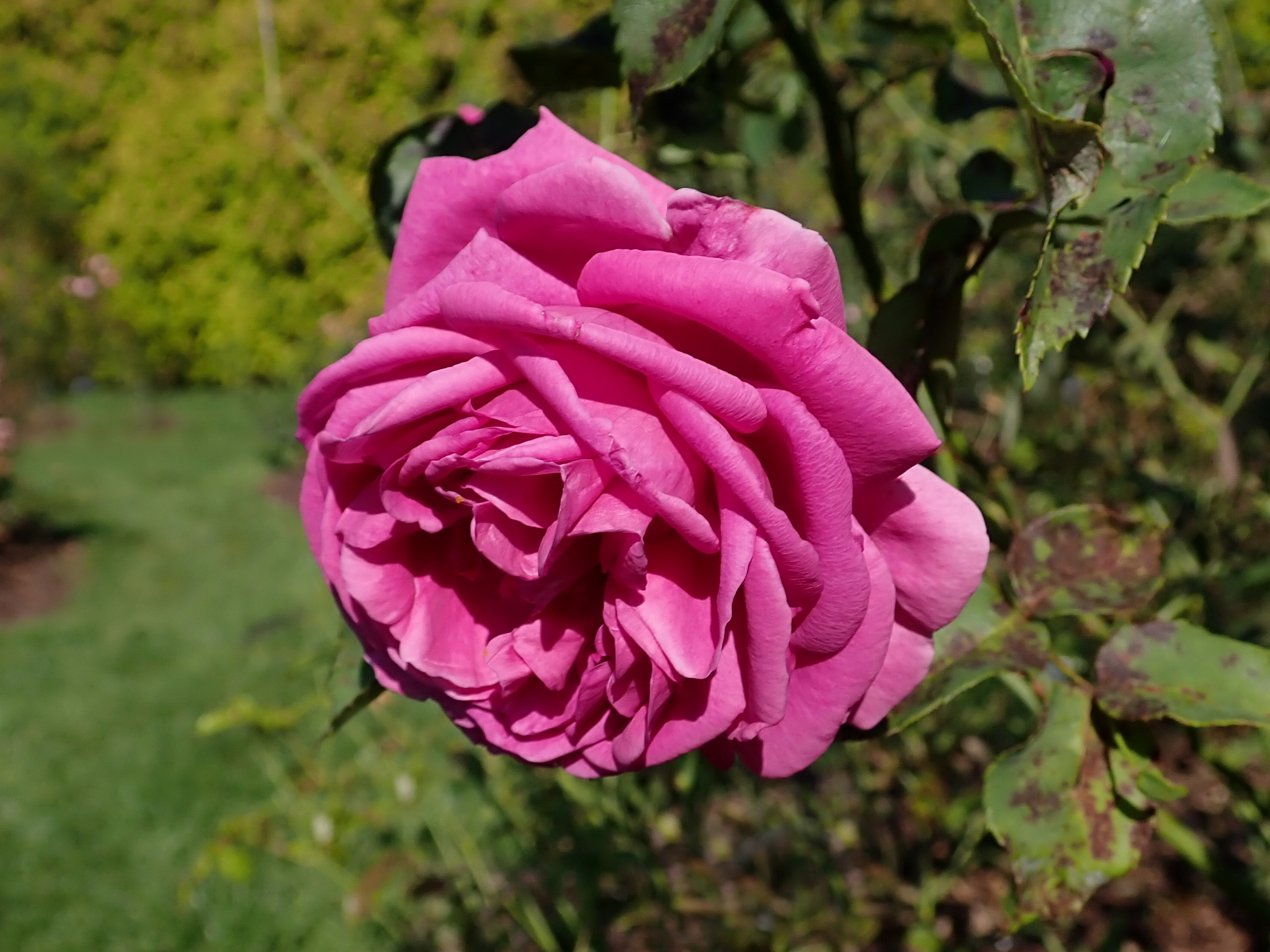
‘Madame Isaac Pereire’, Armand Garçon, 1881
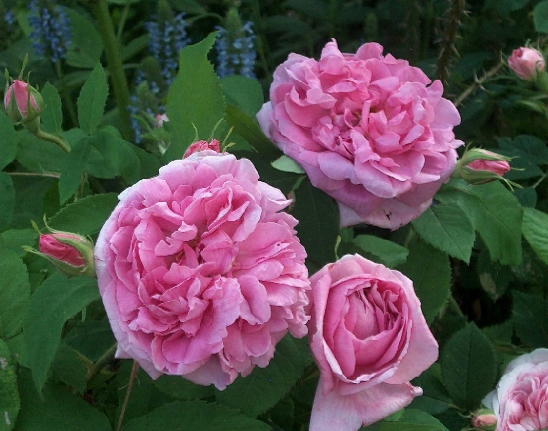
‘Madame Knorr’, Victor Verdier, 1855
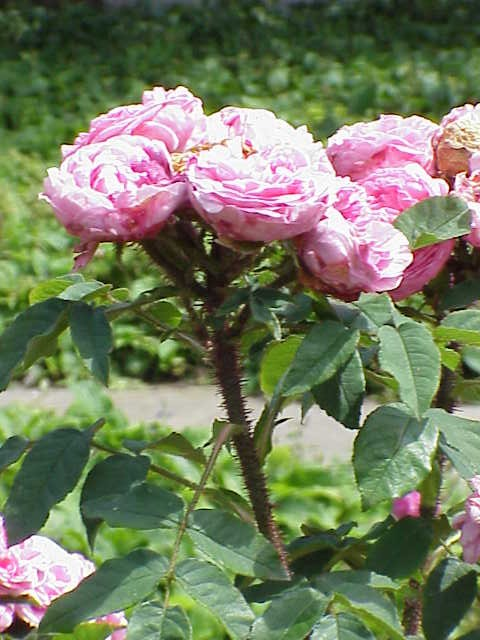
‘Madame Landeau’, Moreau-Robert, 1875
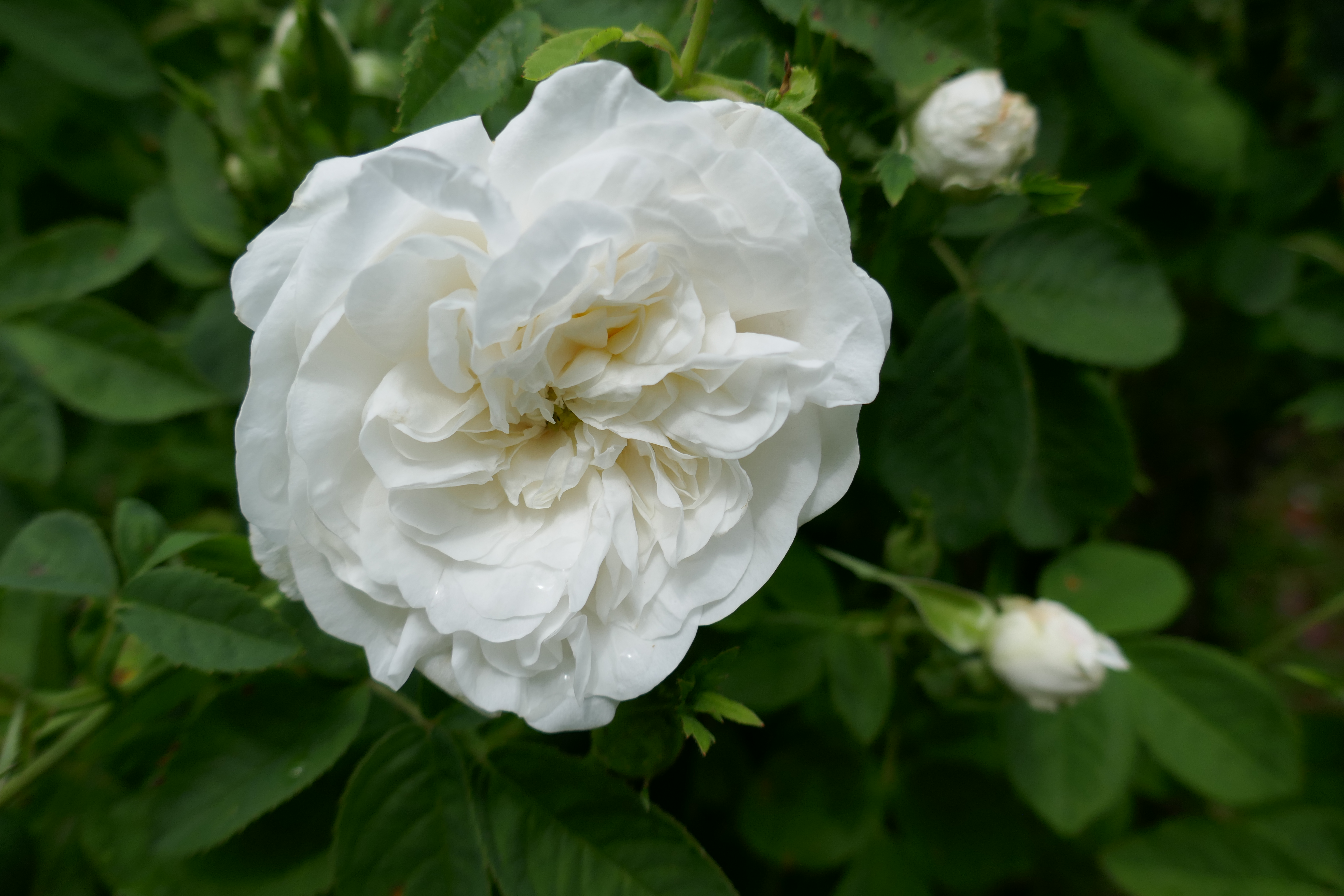
‘Madame Legras de St-Germain’, Unbekannt, 1846
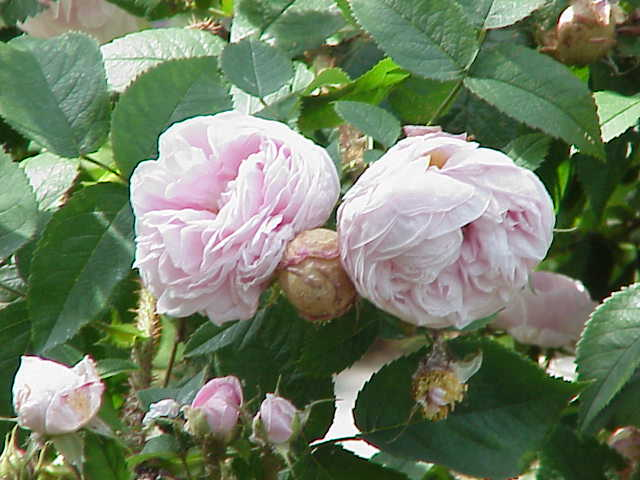
‘Madame Louis Lévêque’, Lévêque, 1898
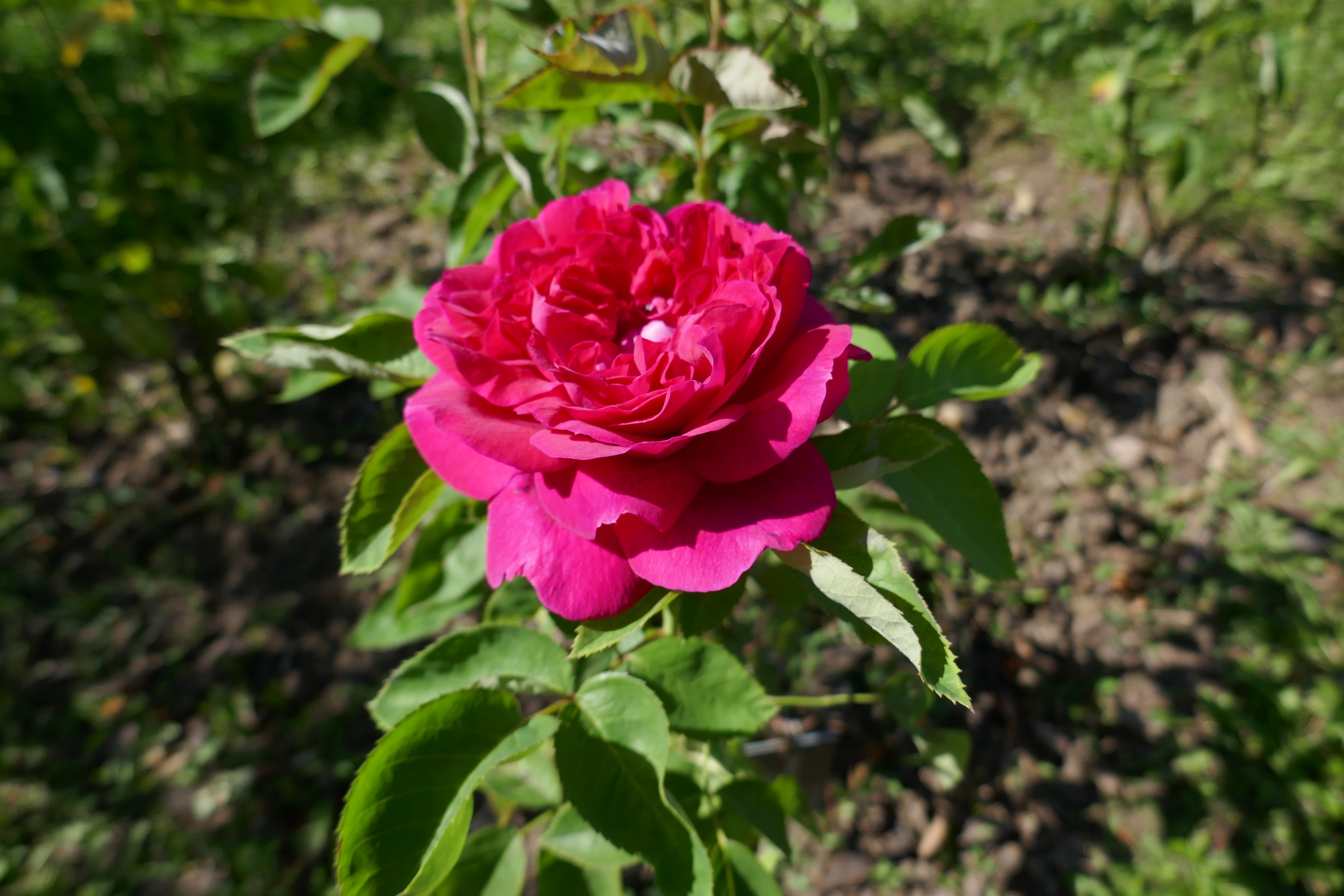
‘Madame Marguerite Marsault’, Jean-Baptiste Corboeuf, 1894
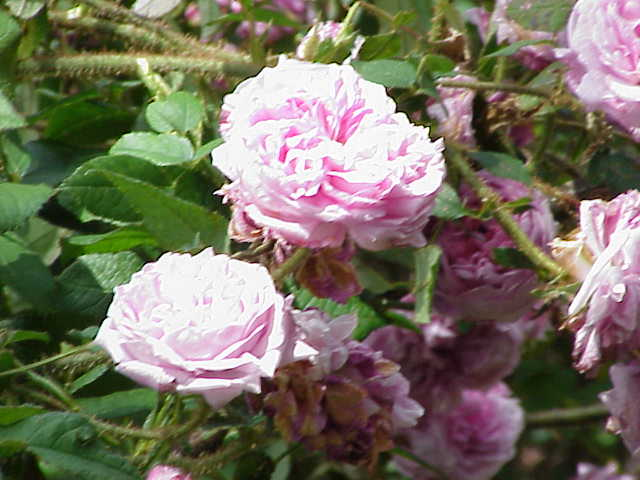
‘Madame Moreau’, Moreau-Robert, 1872
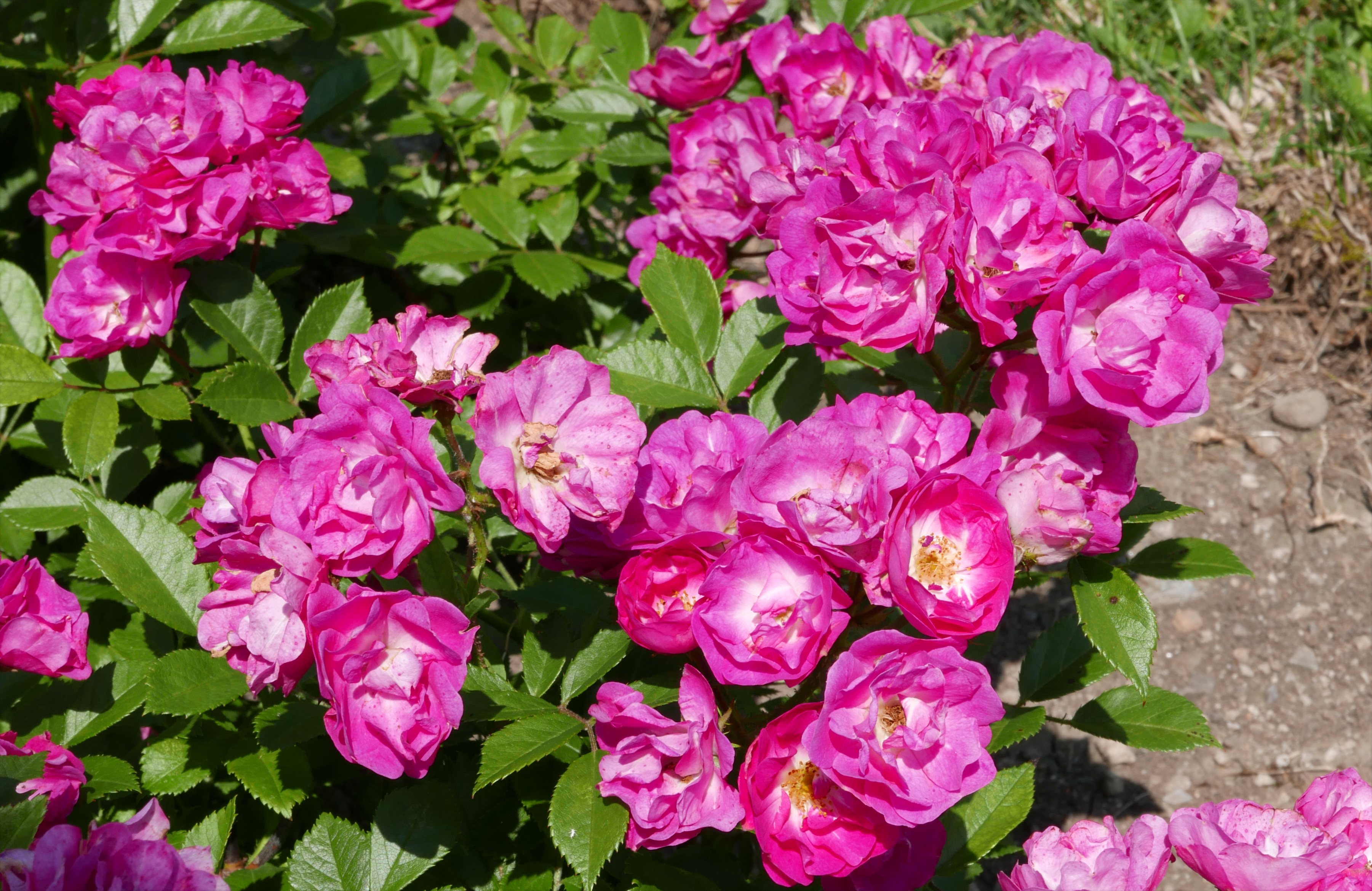
‘Madame Norbert Levavasseur’, Levavasseur, 1903
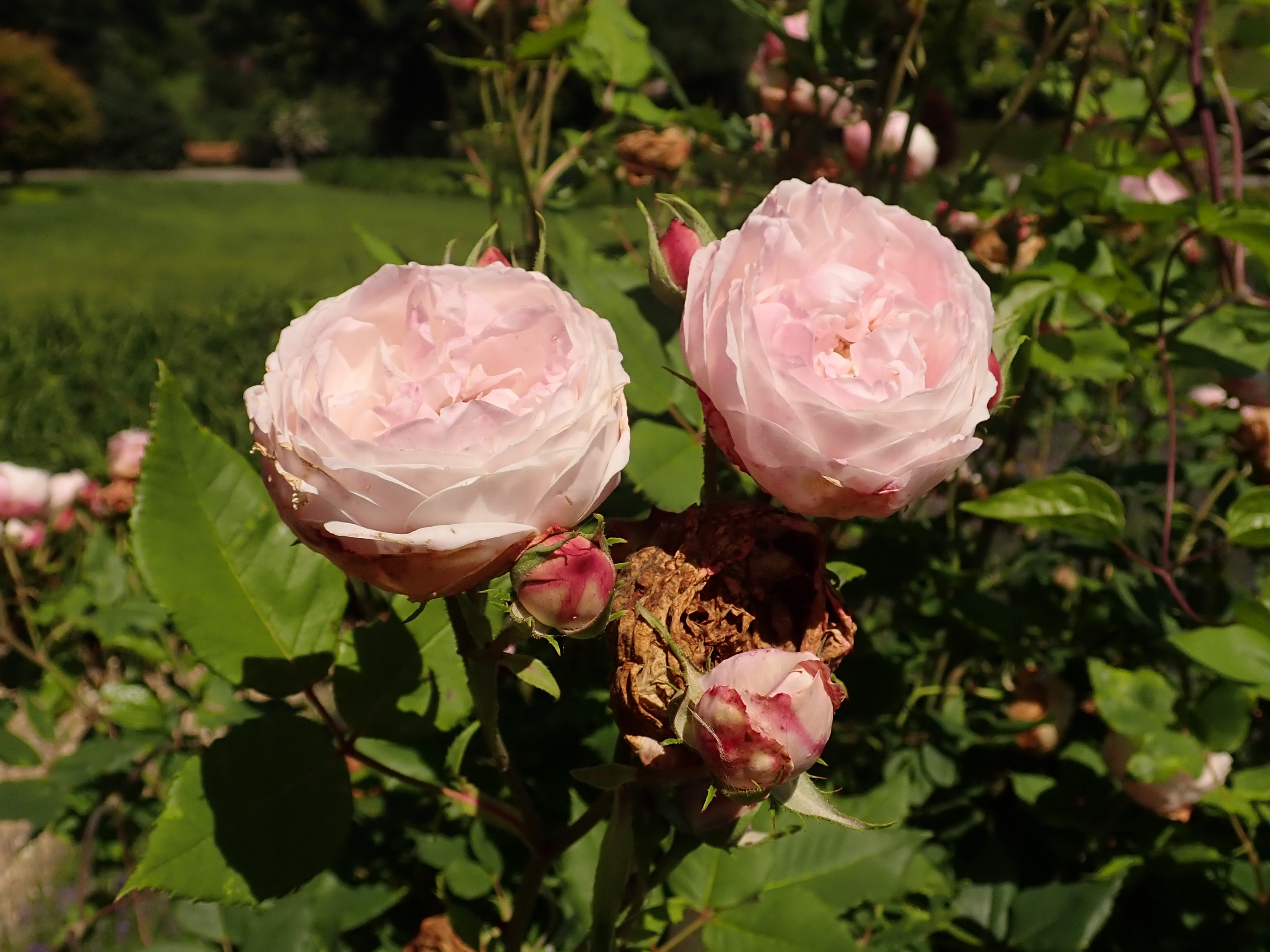
‘Madame Pierre Oger’, Pierre Oger, 1878
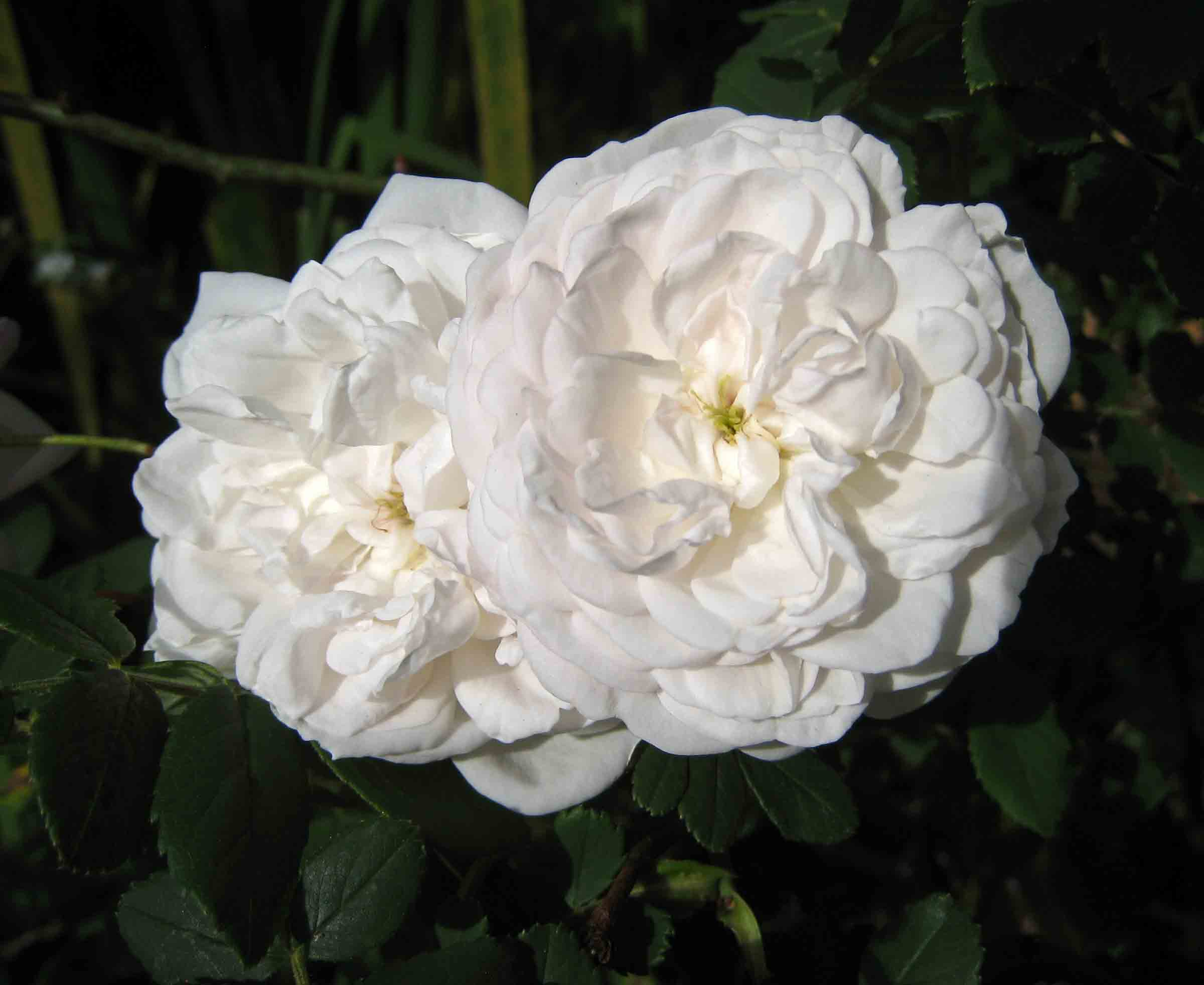
‘Madame Plantier’, Jacques Plantier, 1835
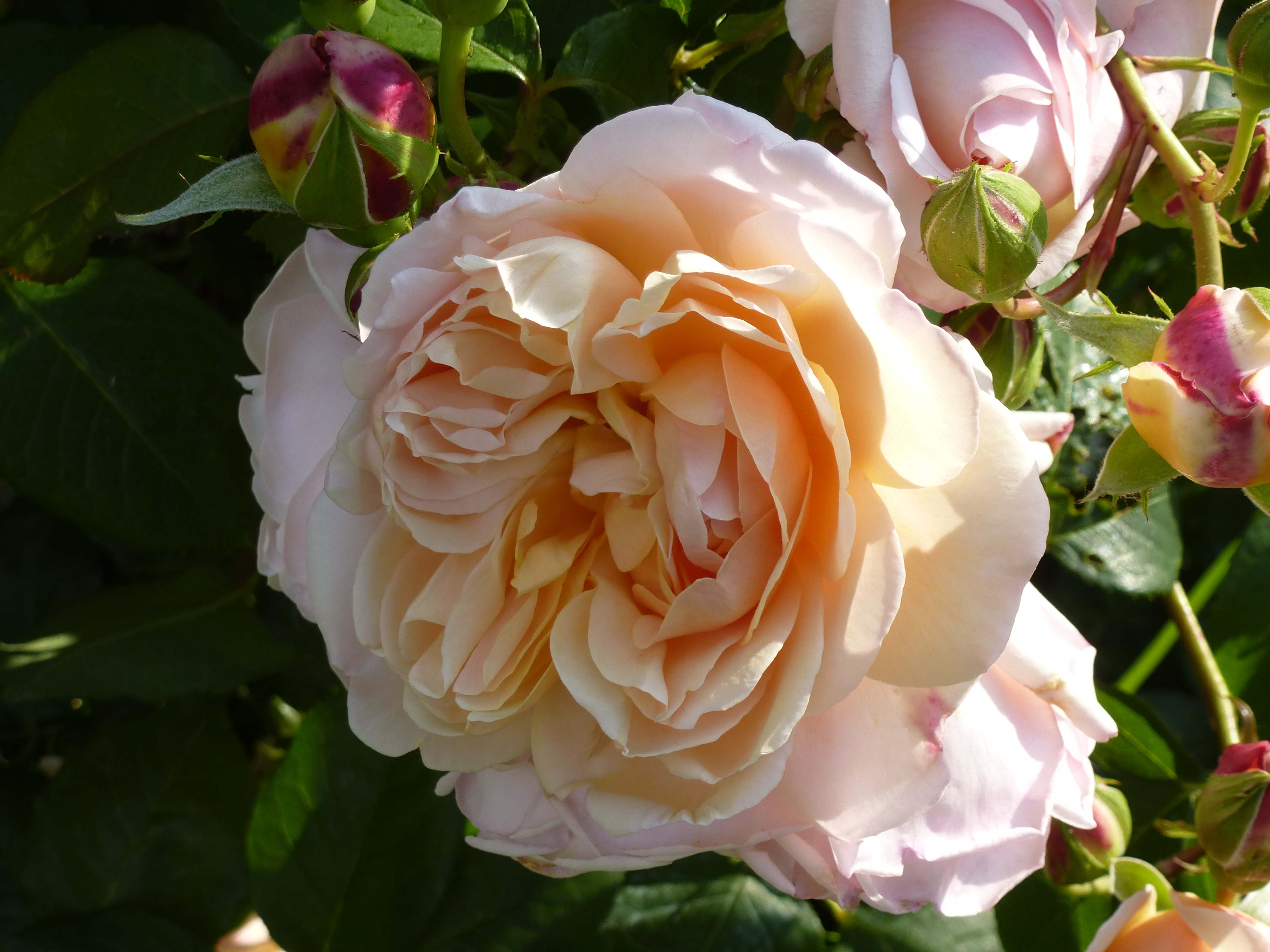
‘Madame Paule Massad’ (Maslupo), Dominique Massad, 1991
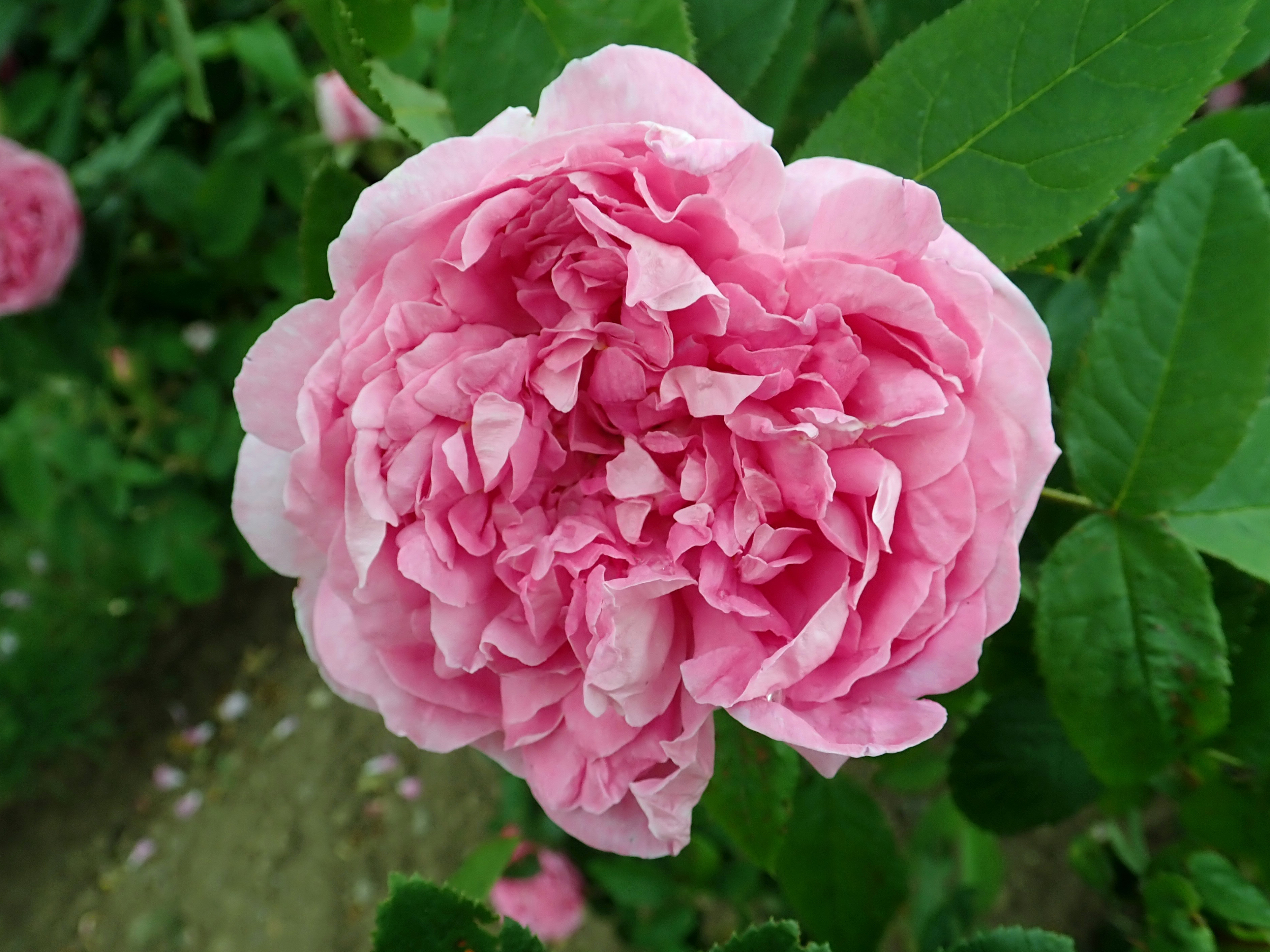
‘Madame William Paul’, Moreau-Robert, 1869
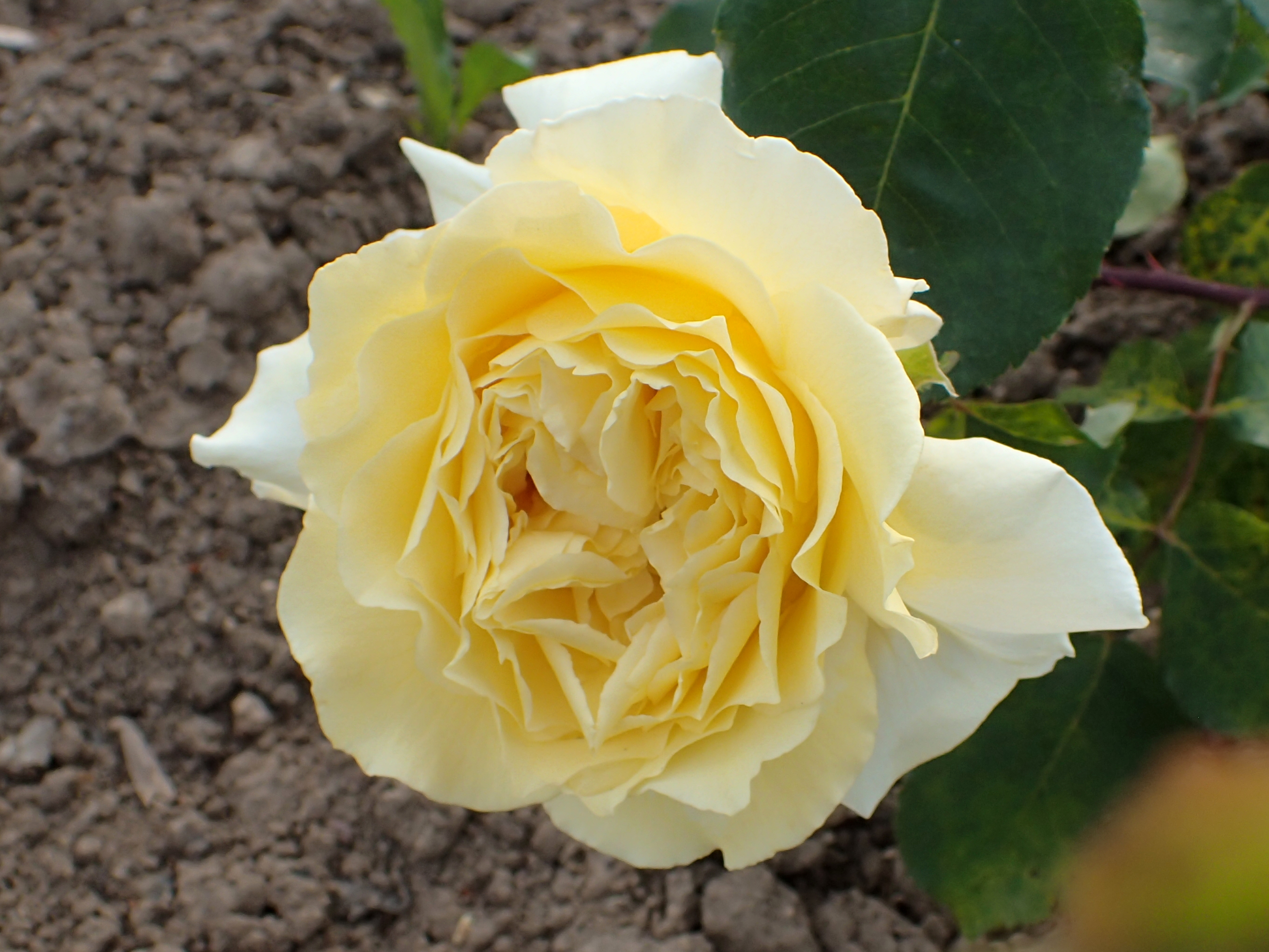
‘Madame Yves Latieule’, Francis Meilland, 1948
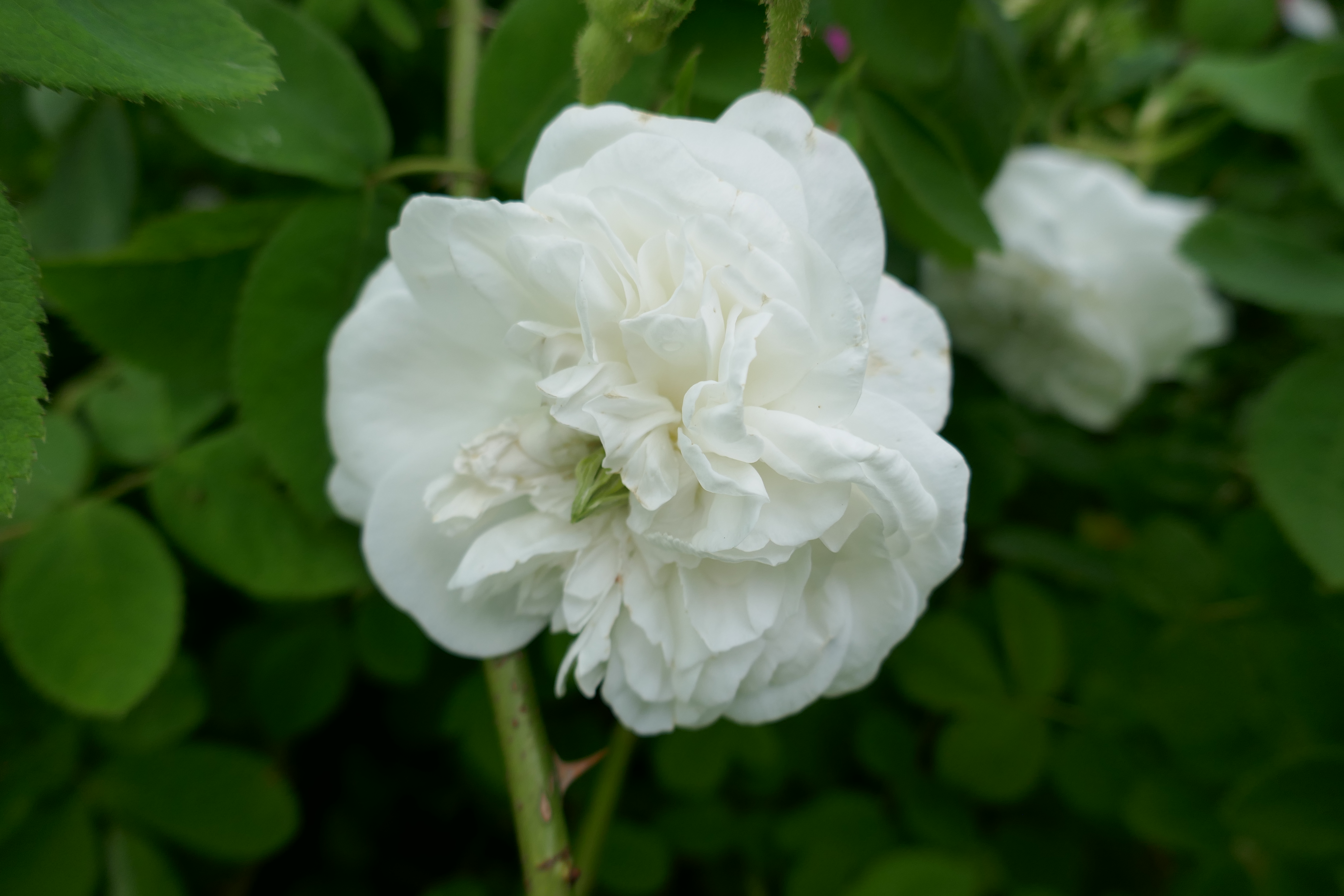
‘Madame Zoetmans’, Marest, 1830
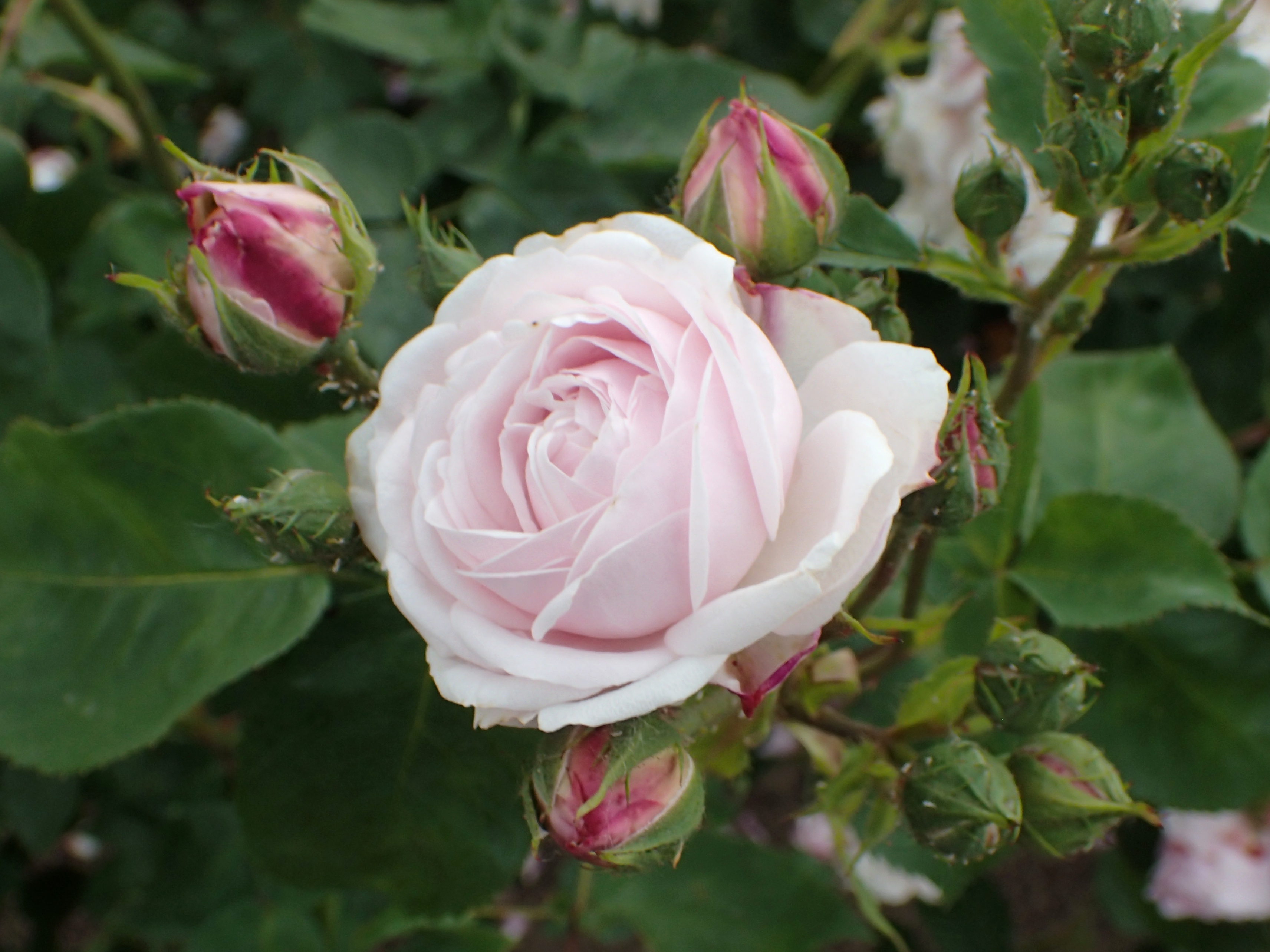
‘Mademoiselle Blanche Lafitte’, Pradel, 1851
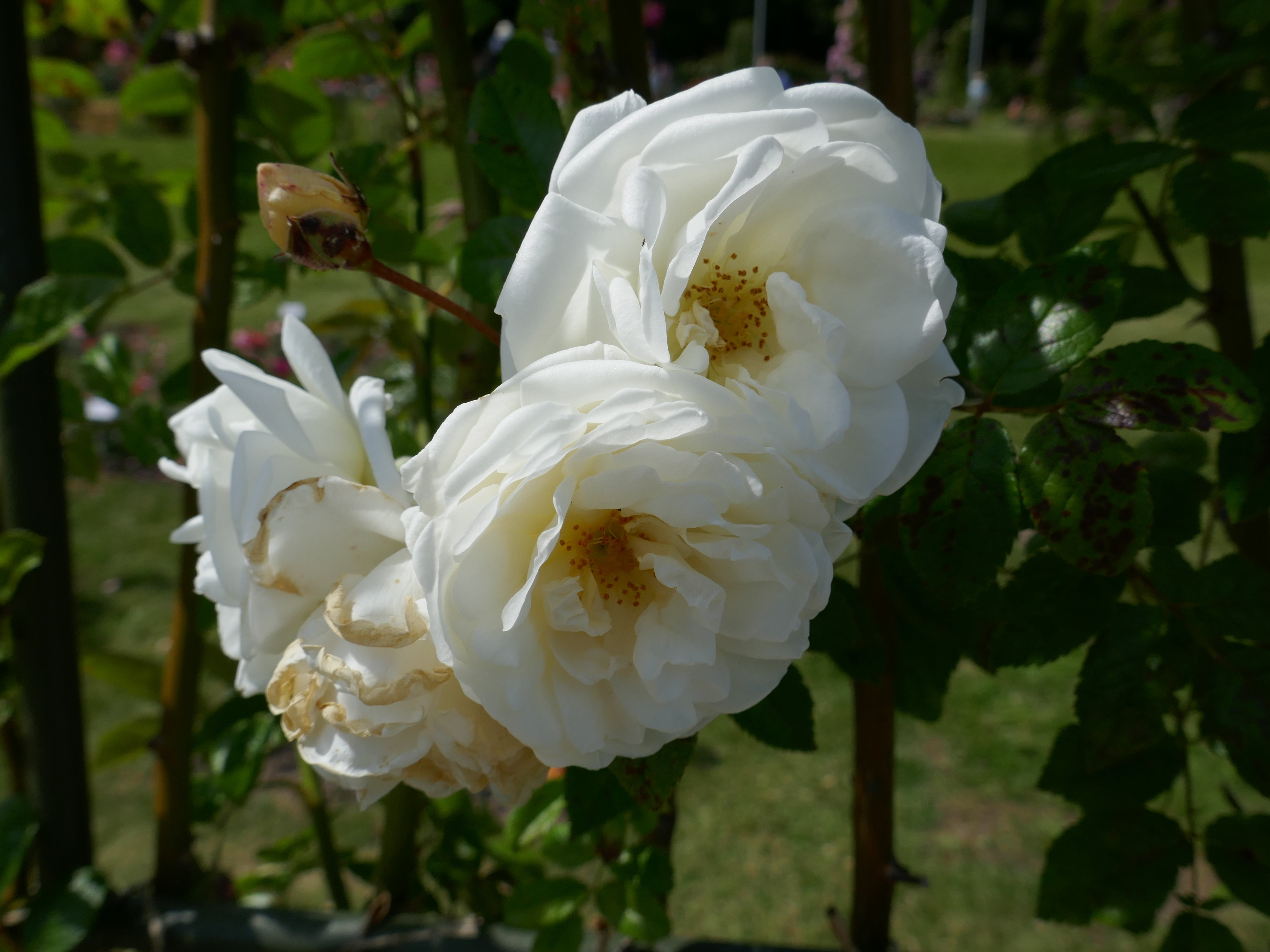
‘Madeleine Selzer’, Walter, 1926
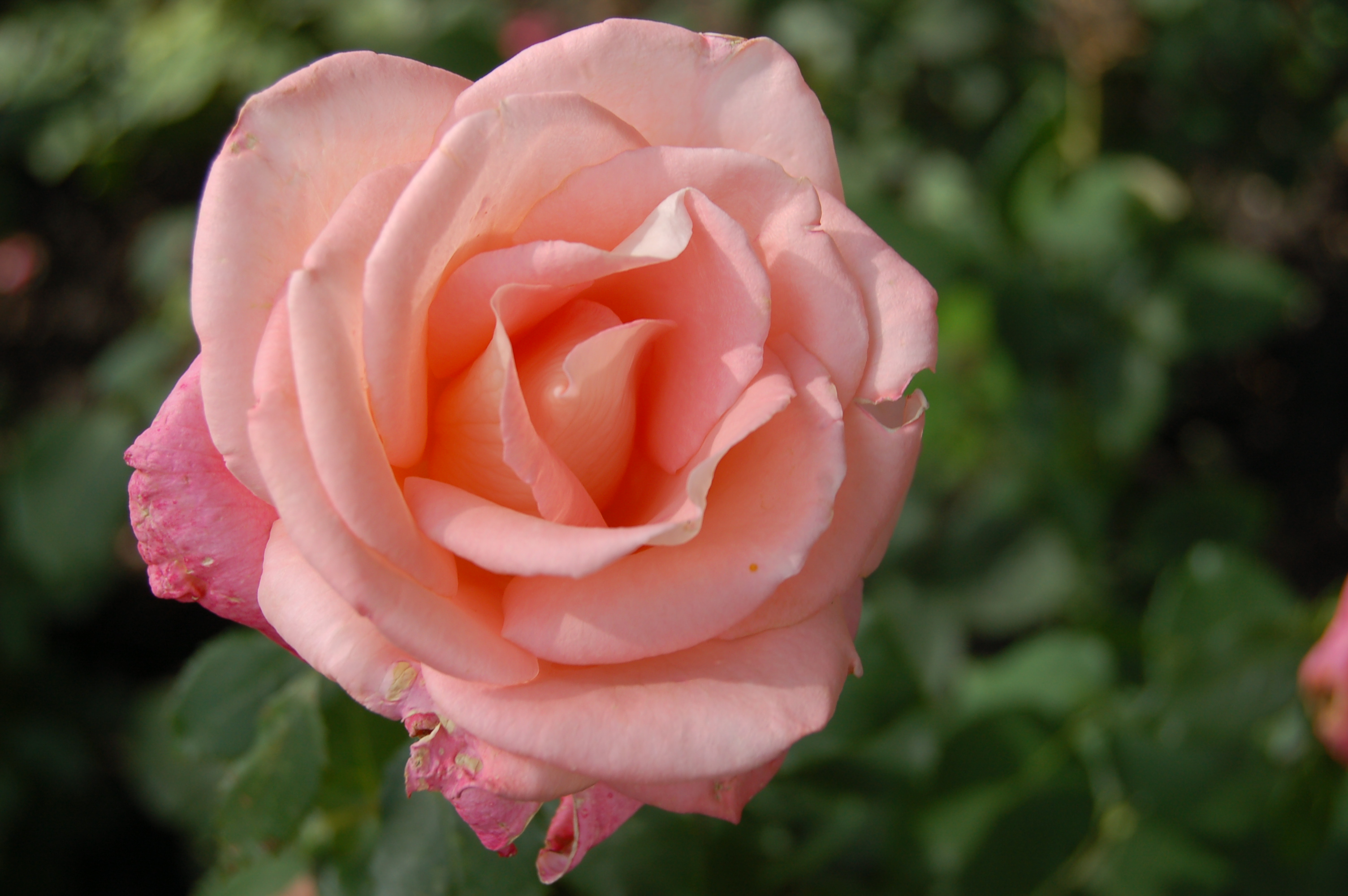
‘Madona’, Meilland, 1992
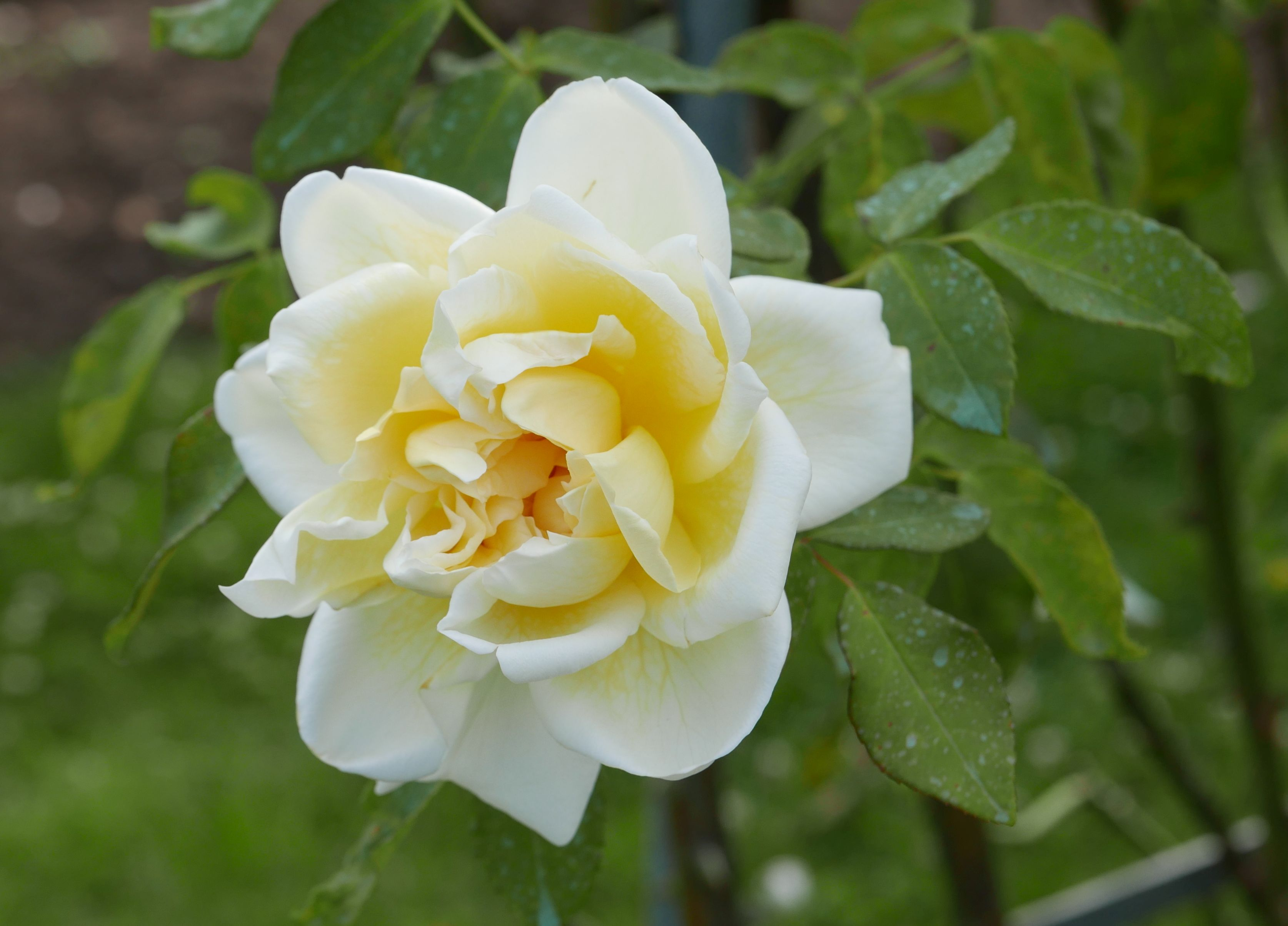
‘Mady’, unbekannt, 1925
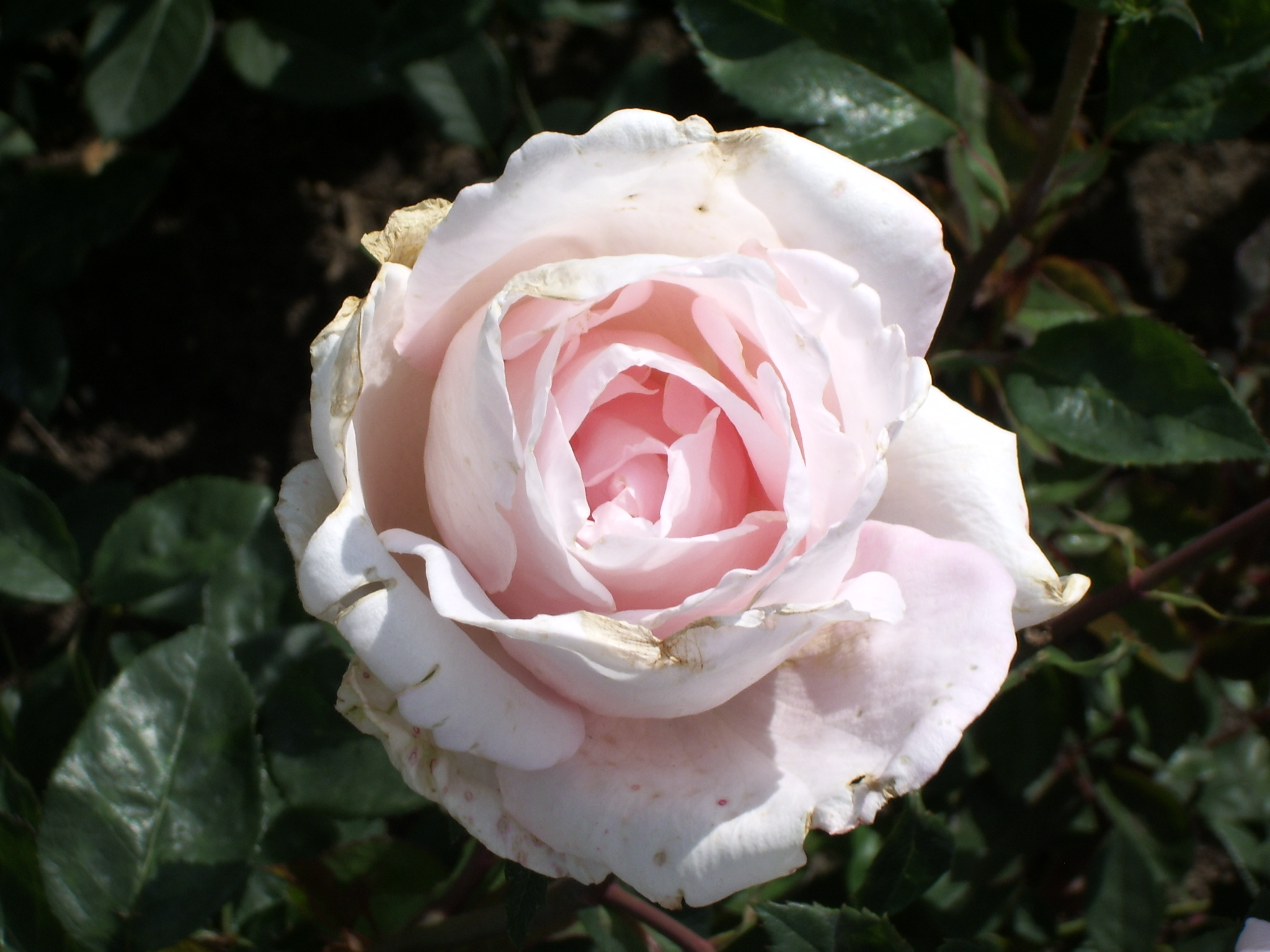
‘Märchenkönigin’, Kordes, 1986
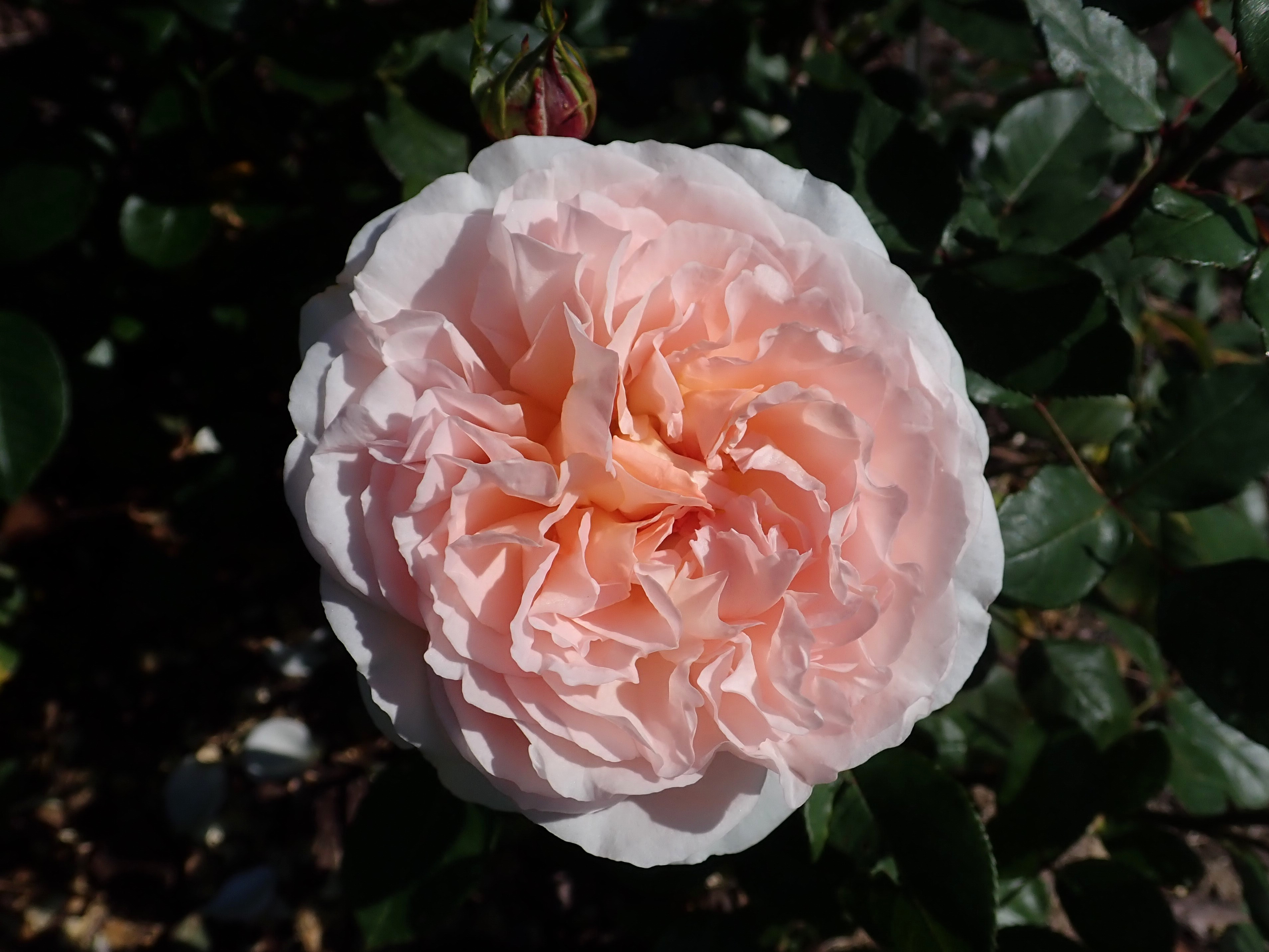
‘Märchenzauber’, Kordes, 2015
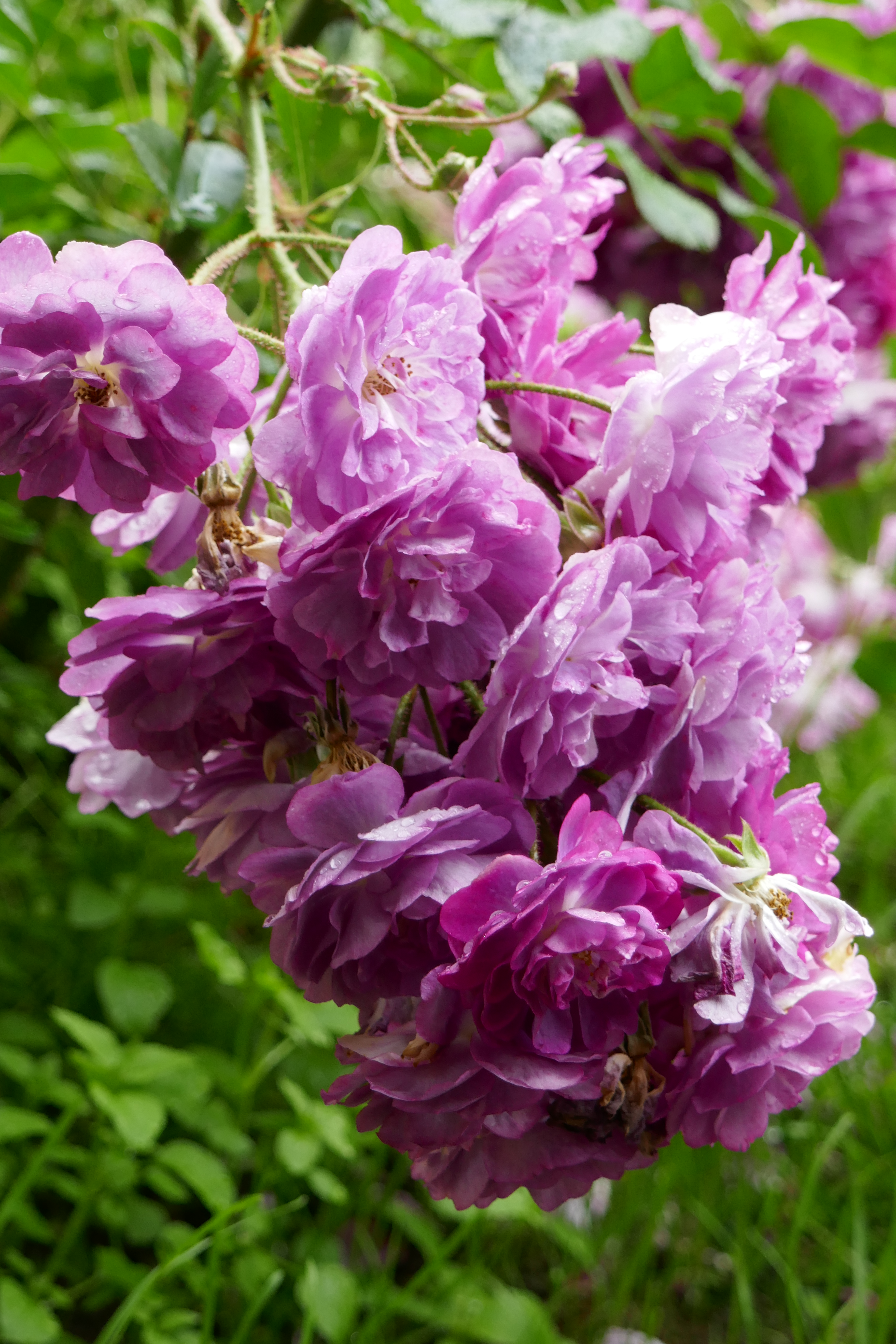
‘Magenta’, Barbier, 1916
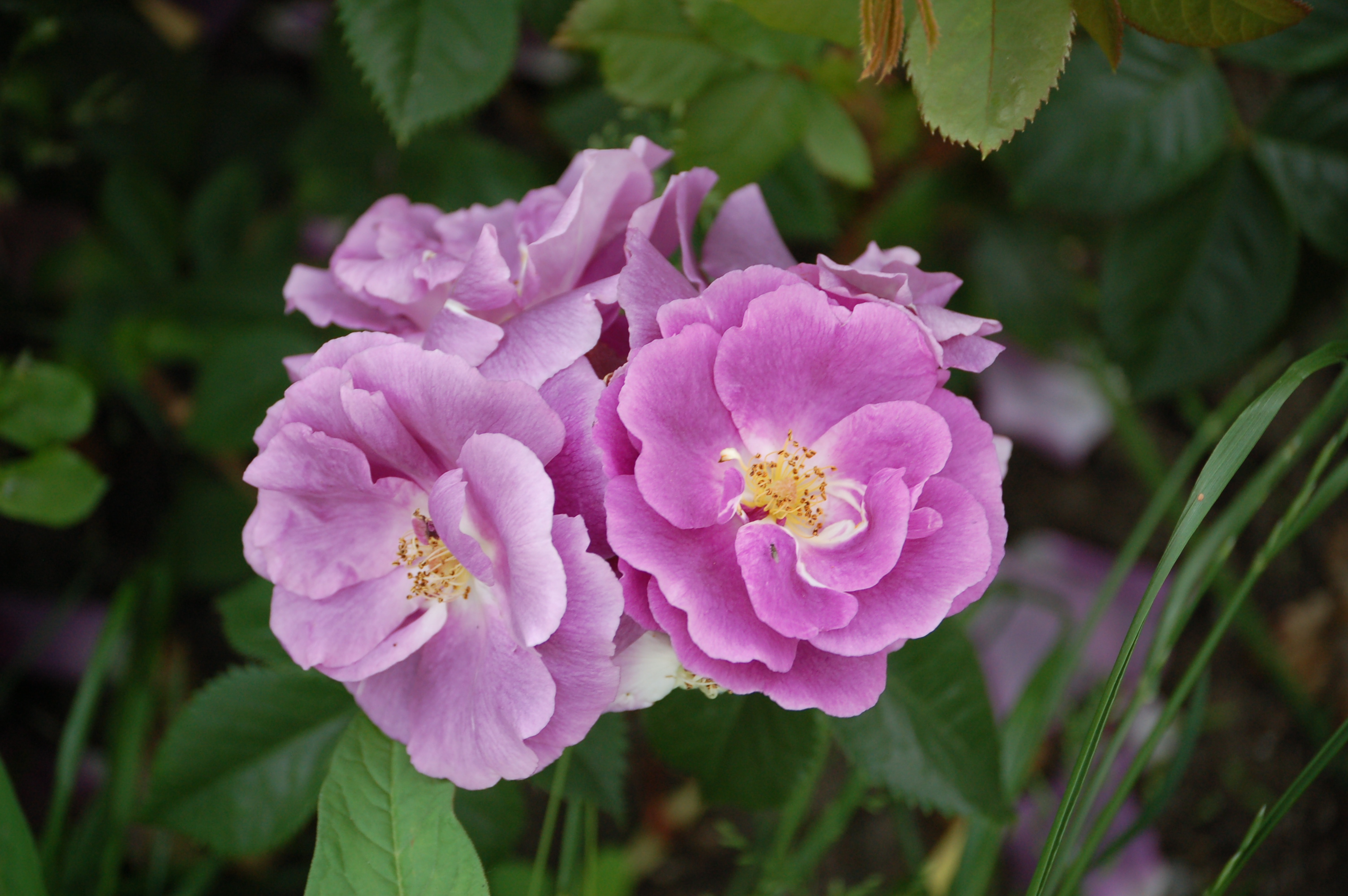
‘Magenta Diadem’, Tantau, 1994
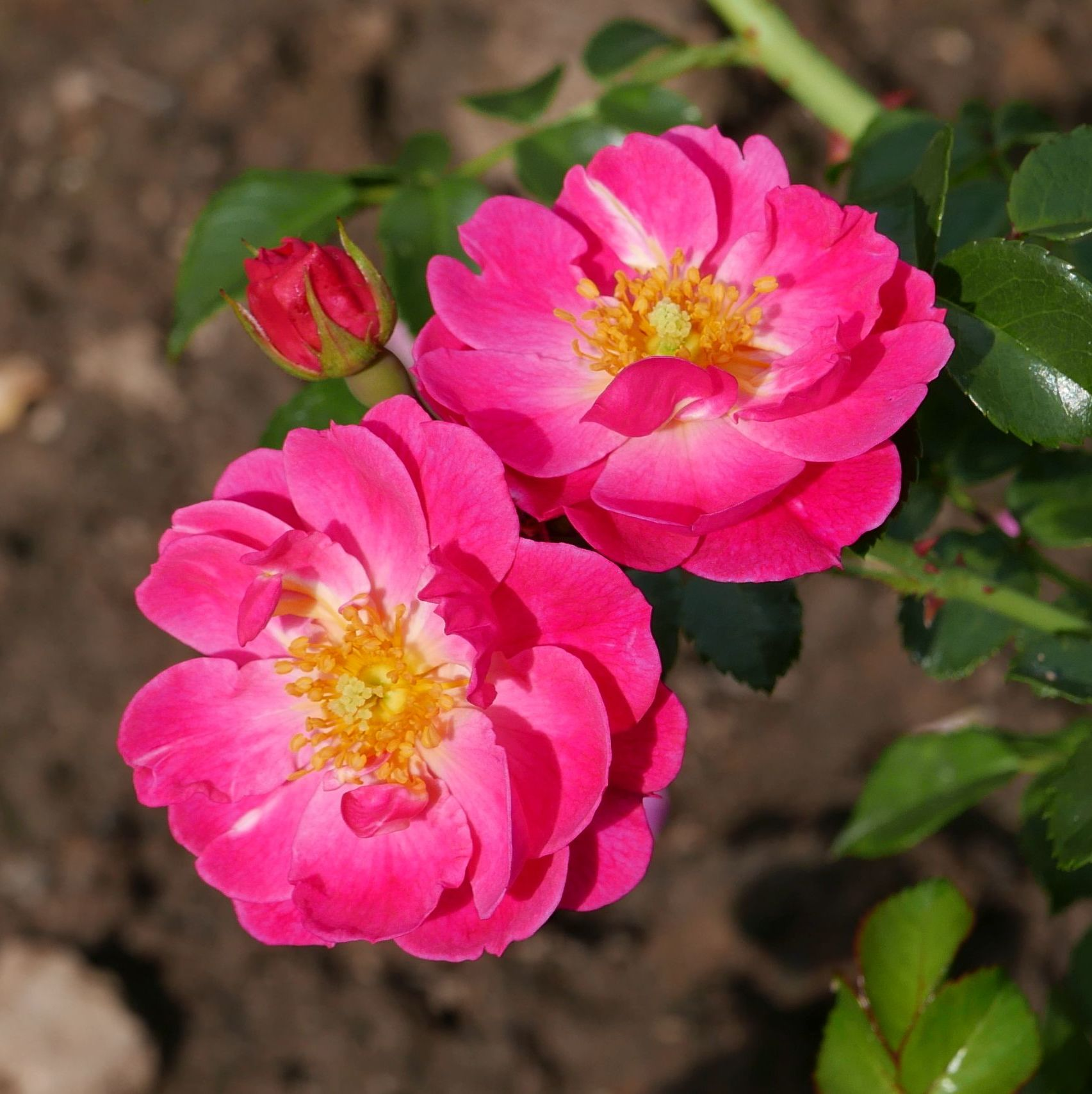
‘Magic Meidiland’, Meiland, 1992
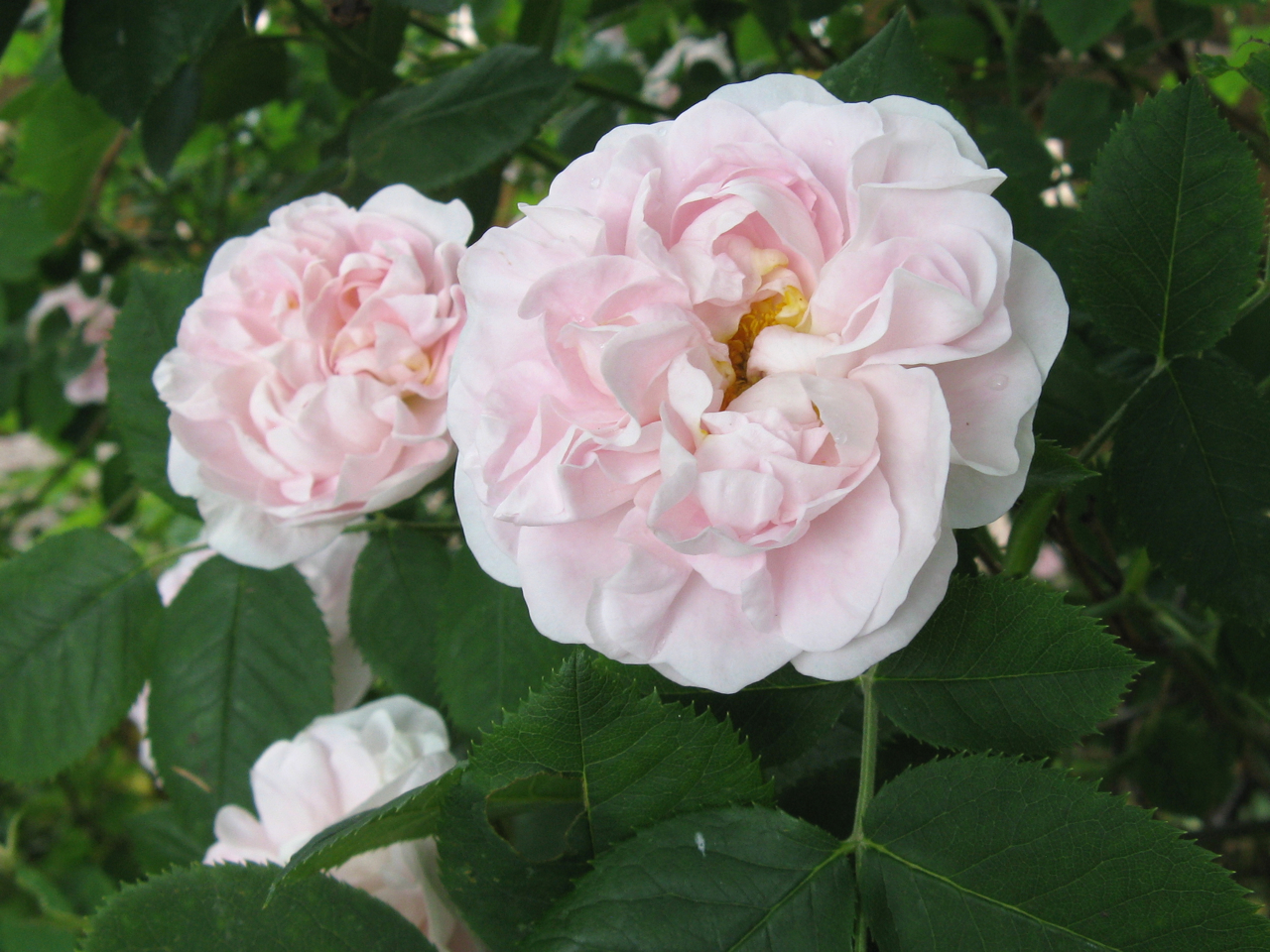
‘Maiden’s Blush’, Rosa alba, vor 1500
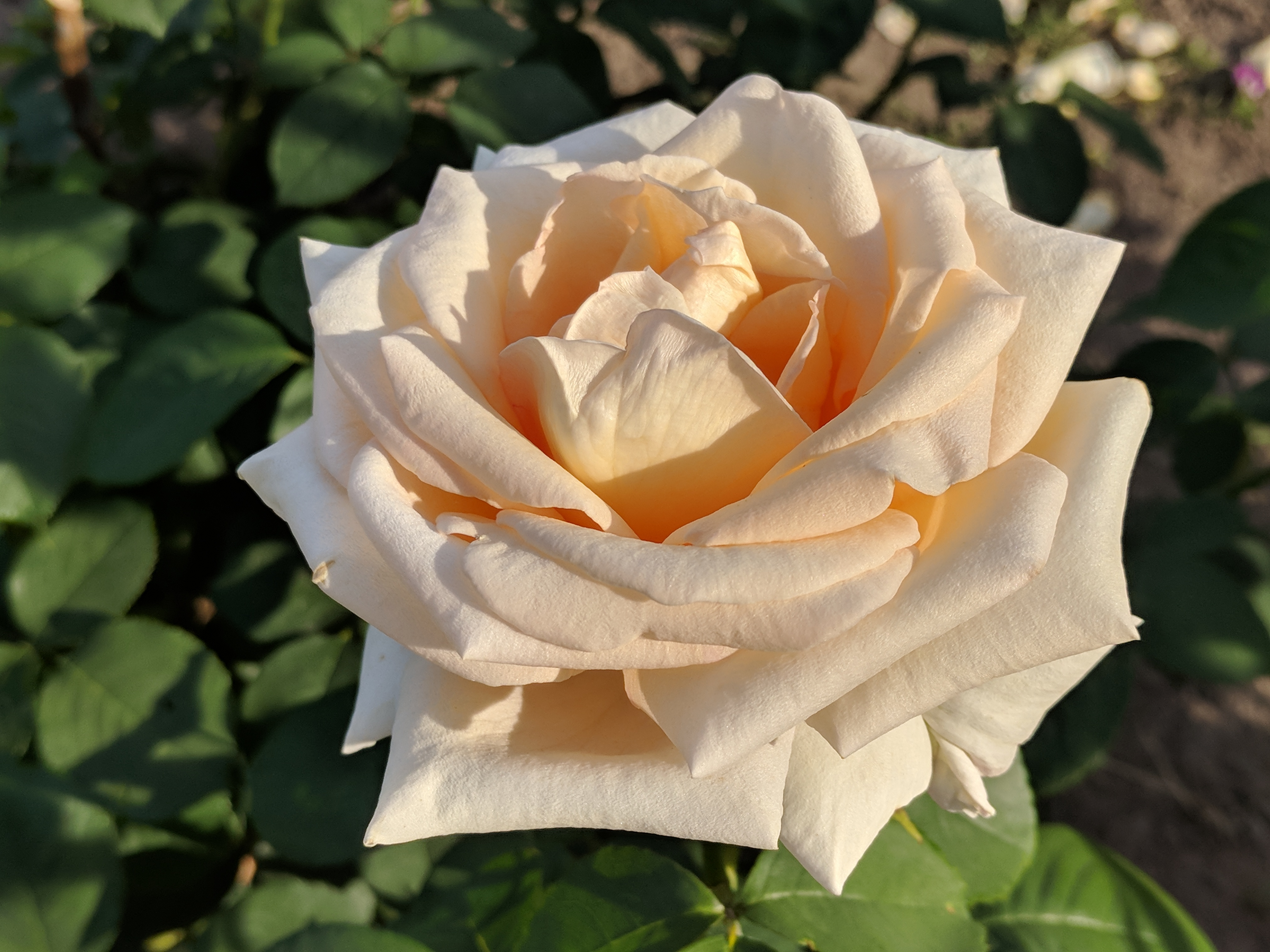
‘Maid of Honour’, Weddle, 1986
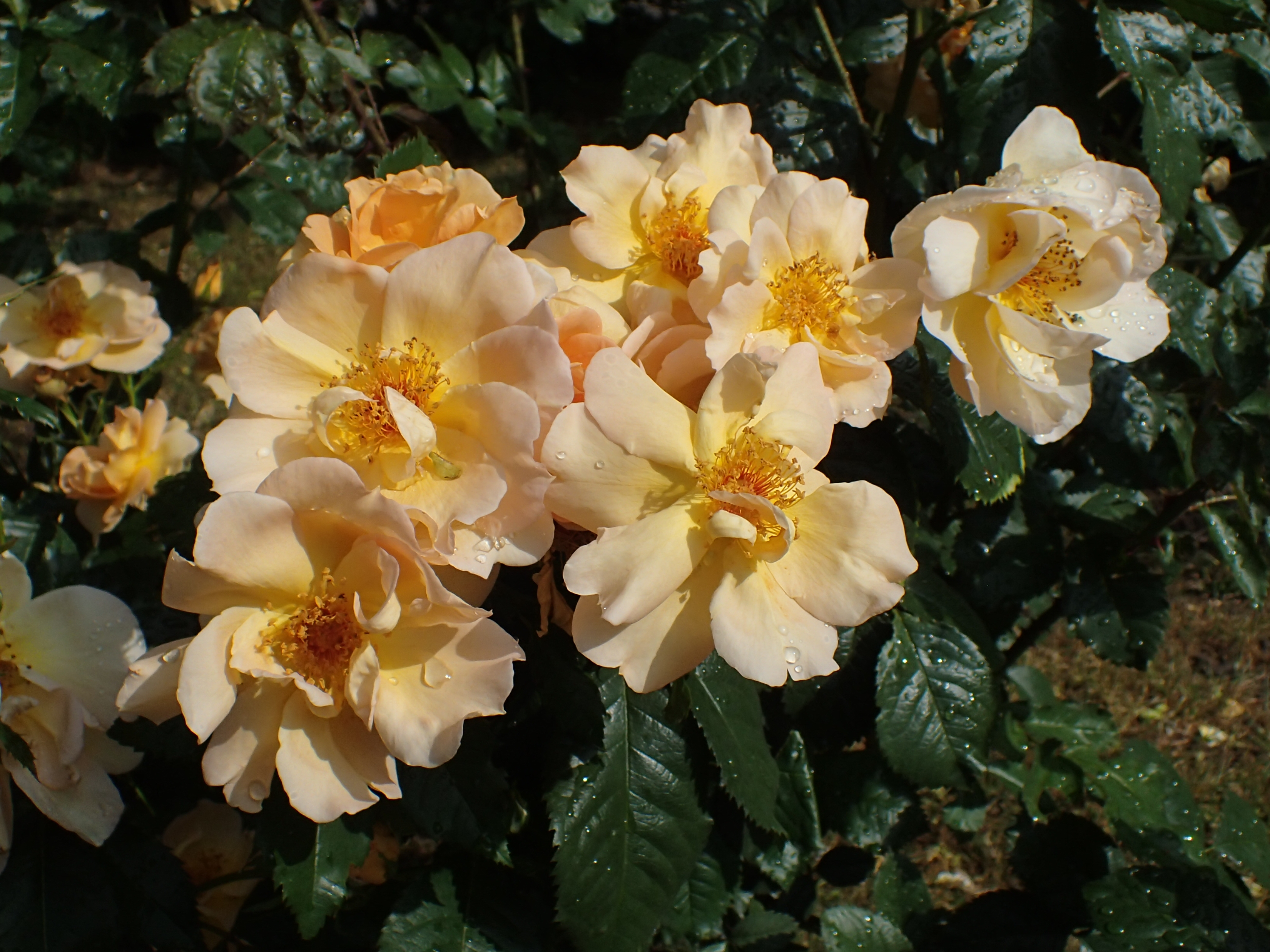
‘Maigold’, Kordes, 1953
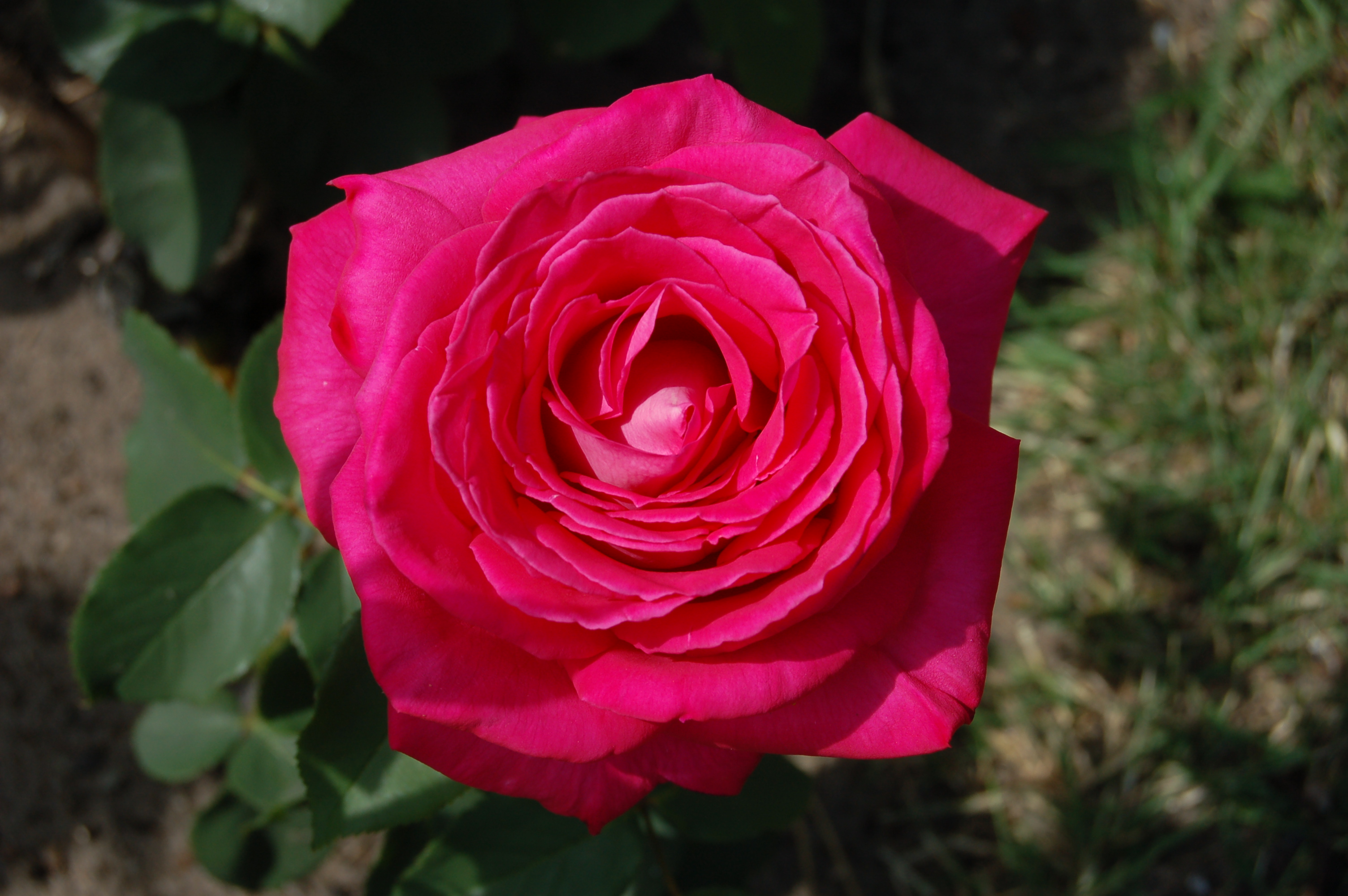
‘Mainauduft’, Meilland, 2001
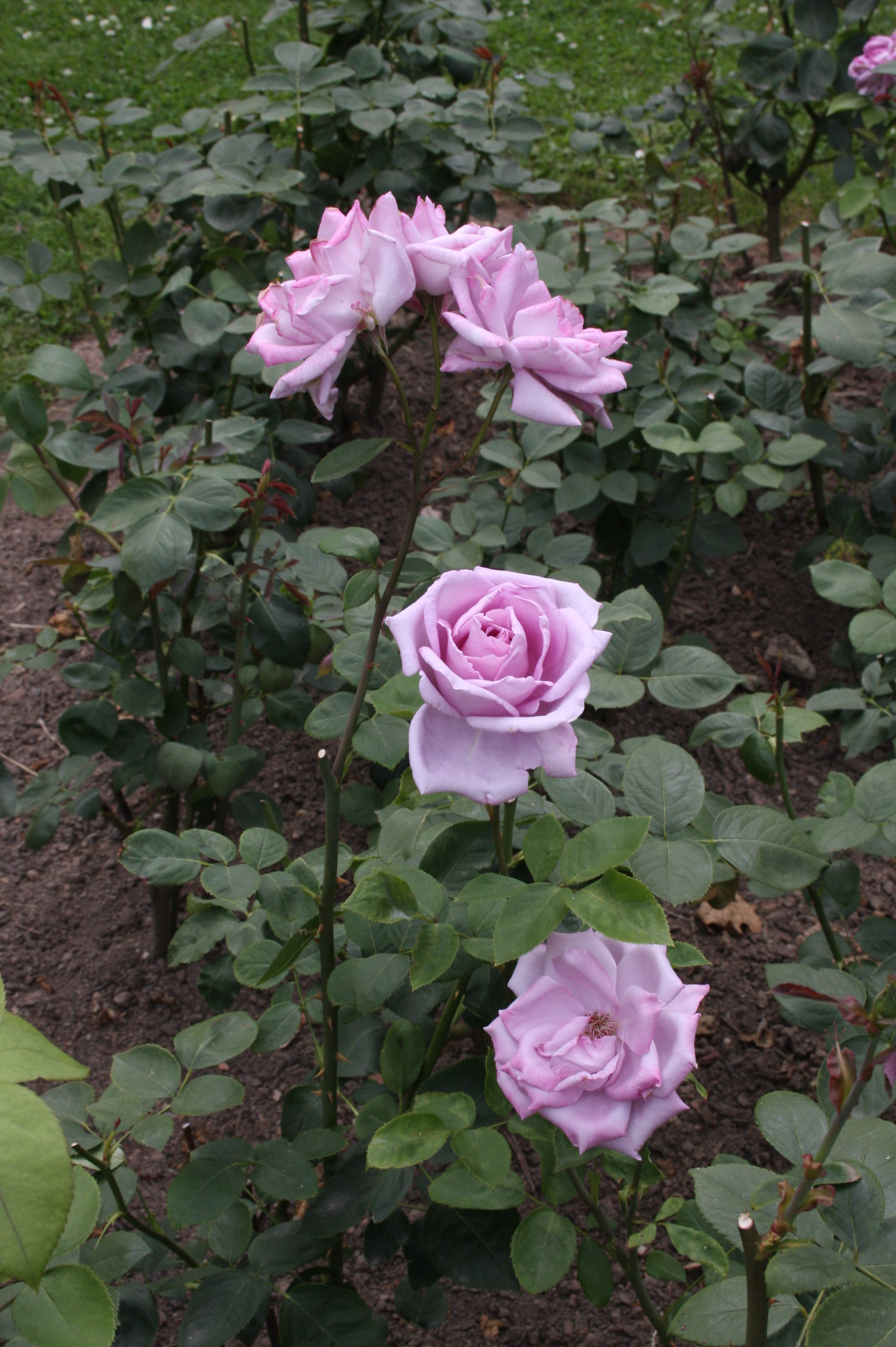
Mainzer Fastnacht, Mathias Tantau jun., 1964
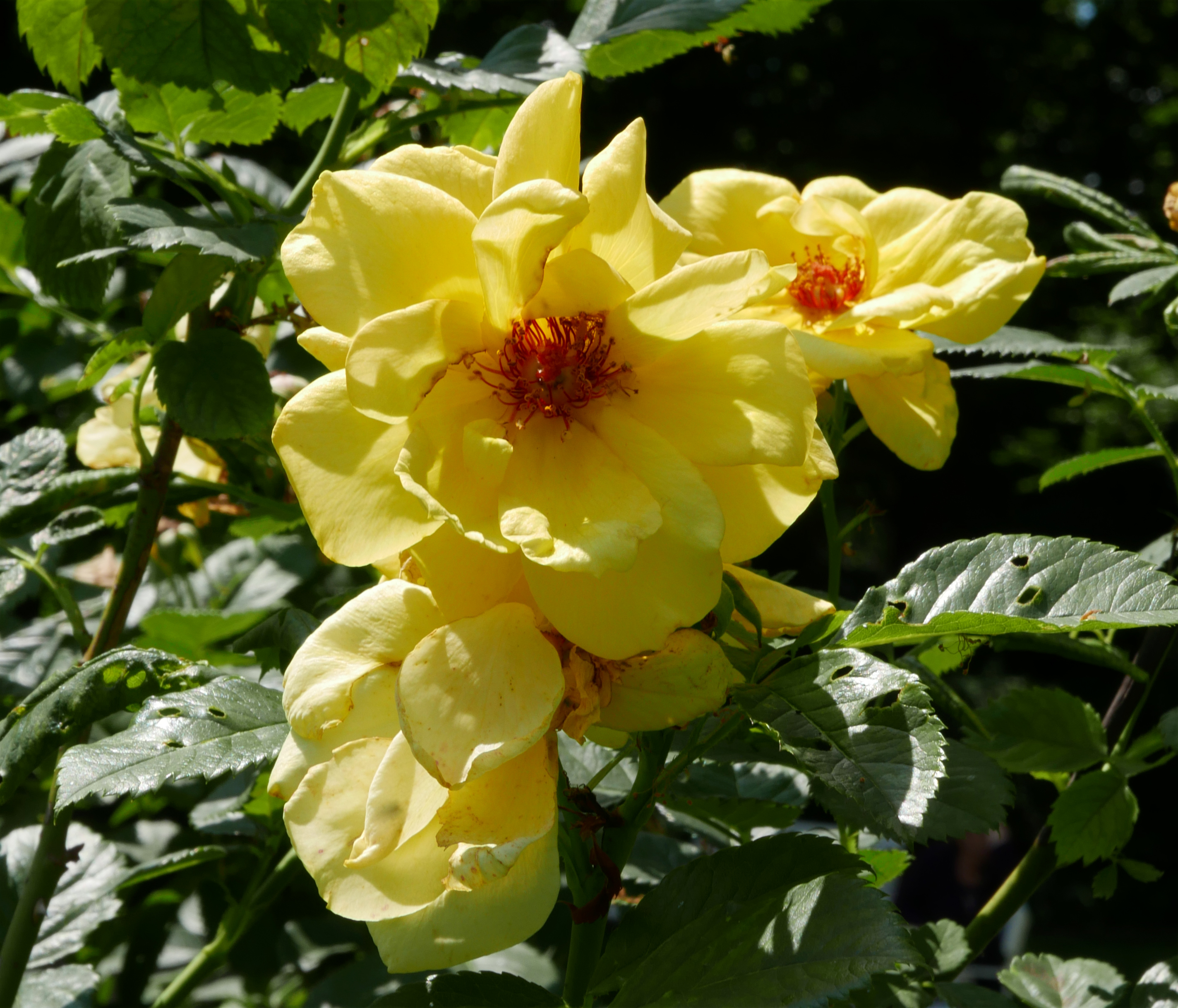
‘Maiwunder’, Kordes, 1966
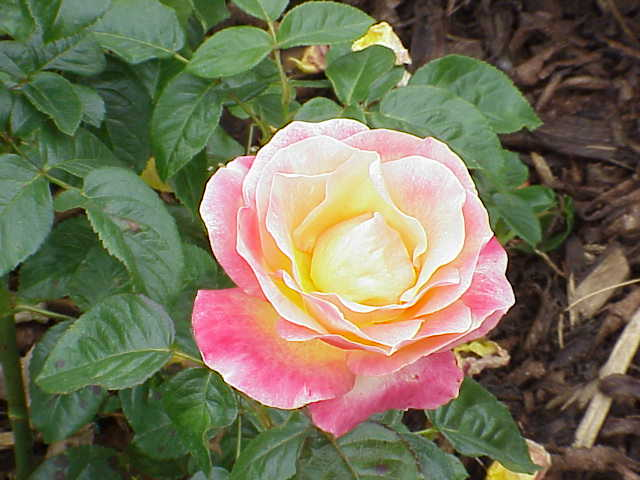
‘Maja Oetker’, Cocker, 1981
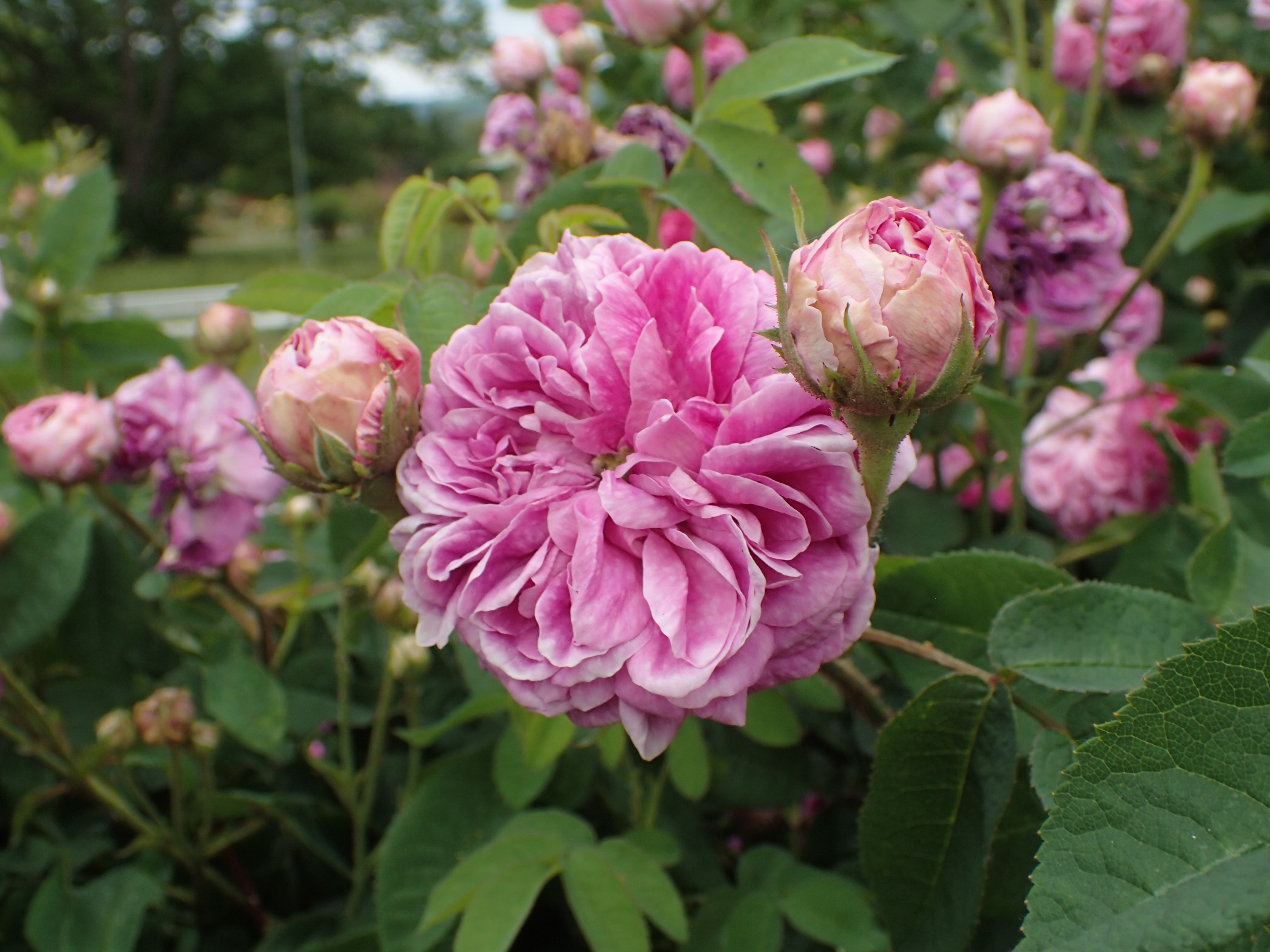
‘Malesherbes’, Vibert, 1834
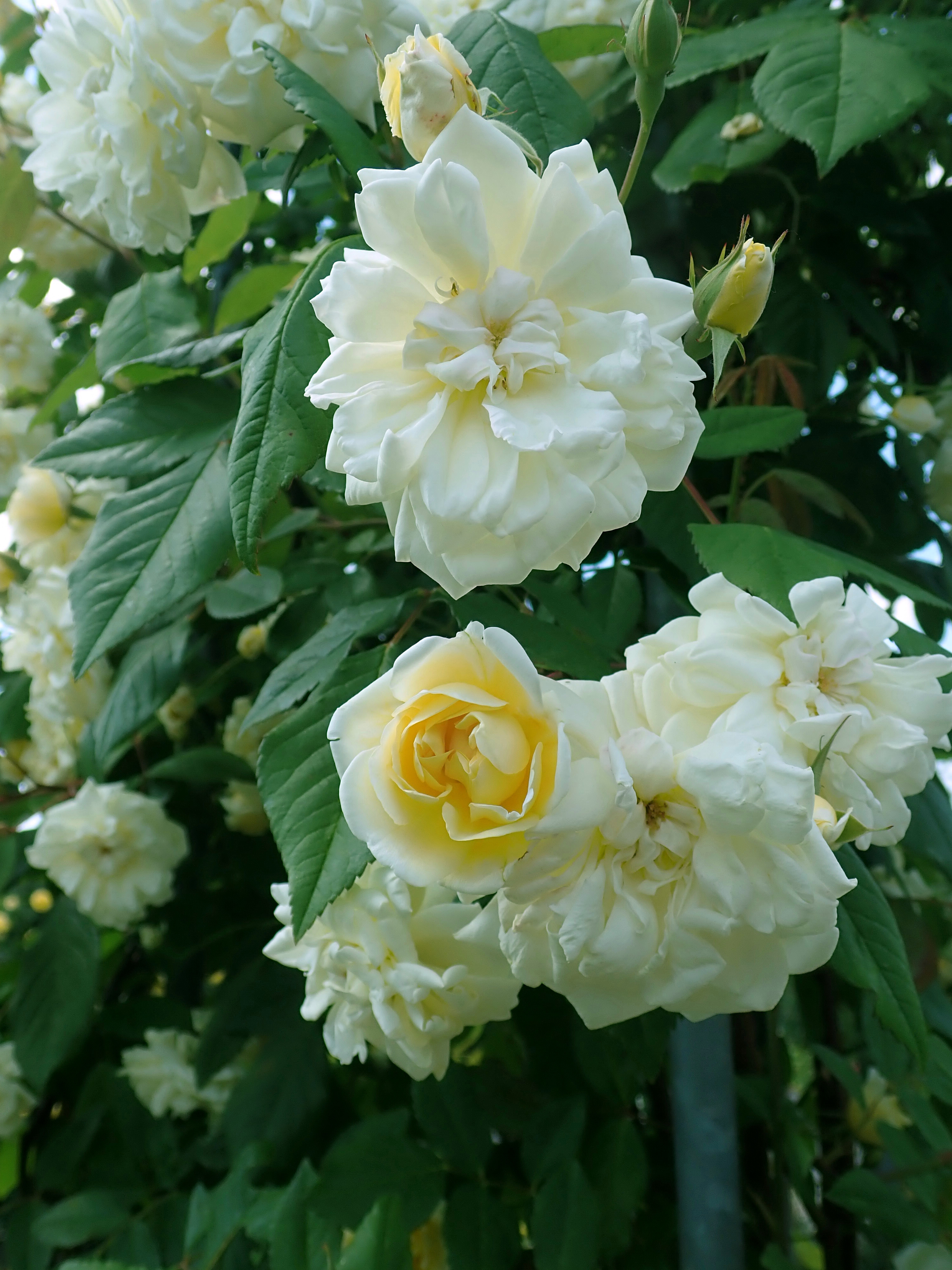
‘Malvern Hills’, David Austin, 2000
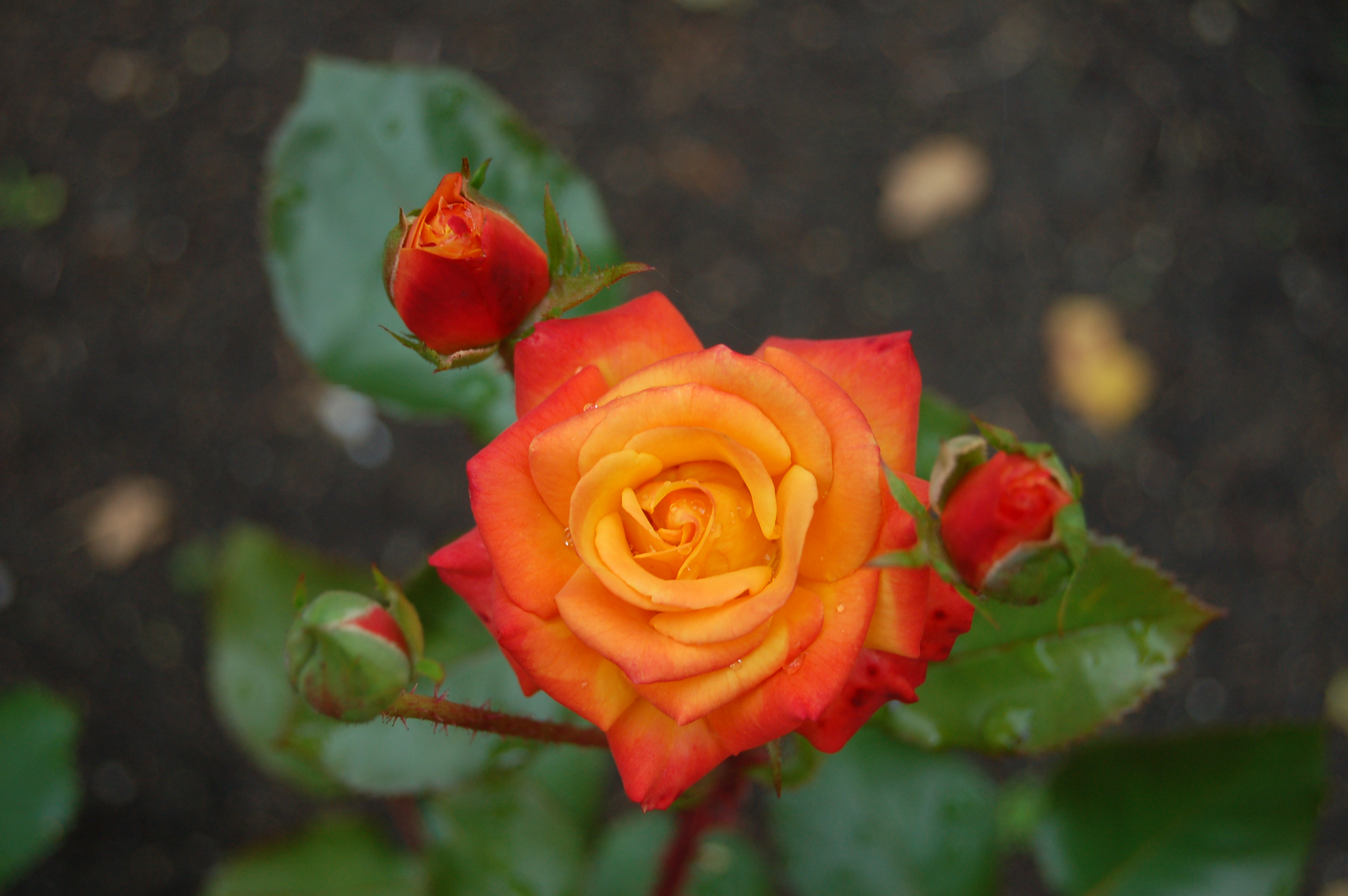
‘Mambo’, Tantau, 1971
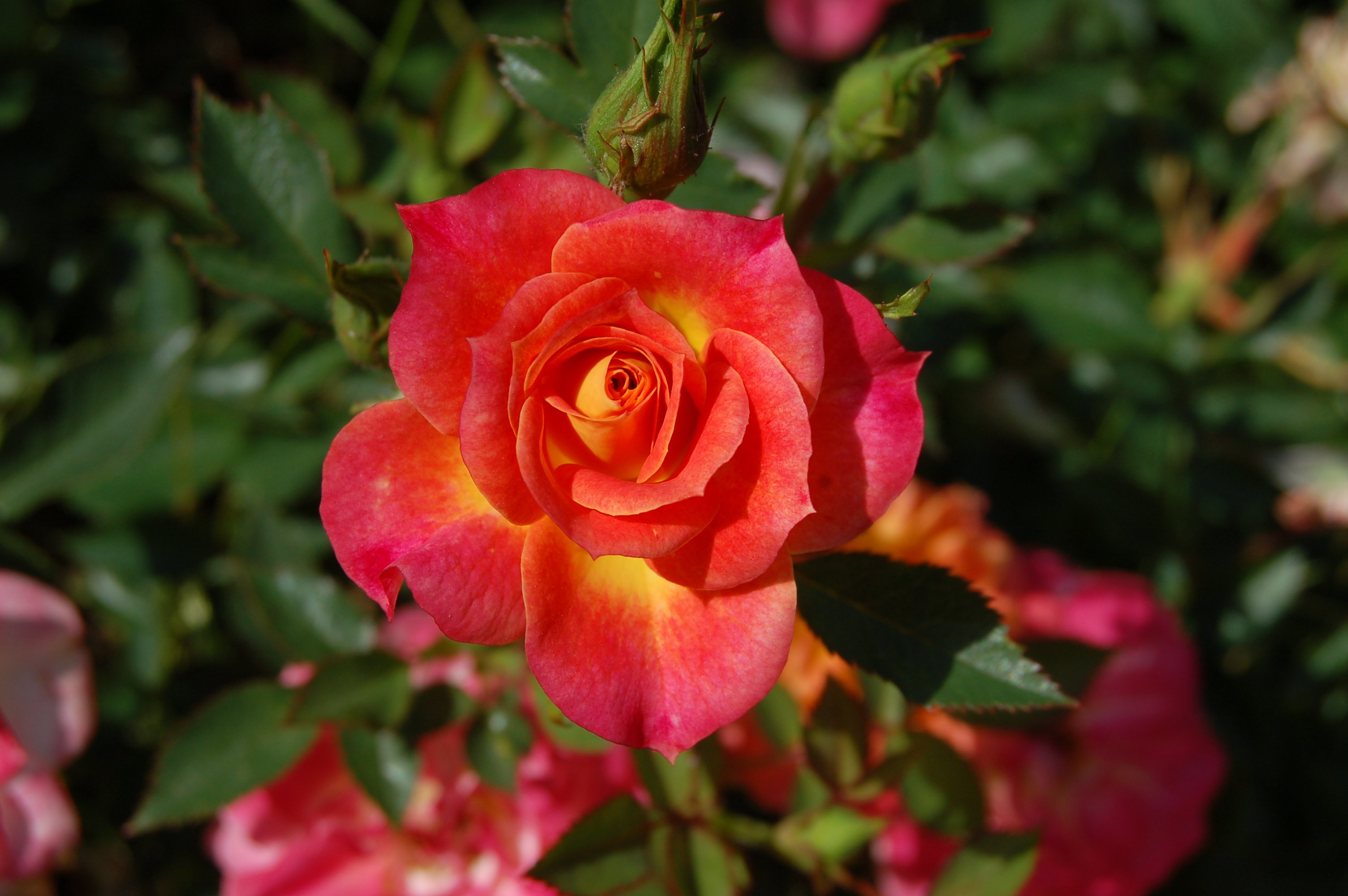
‘Mandarin’, Kordes, 1987
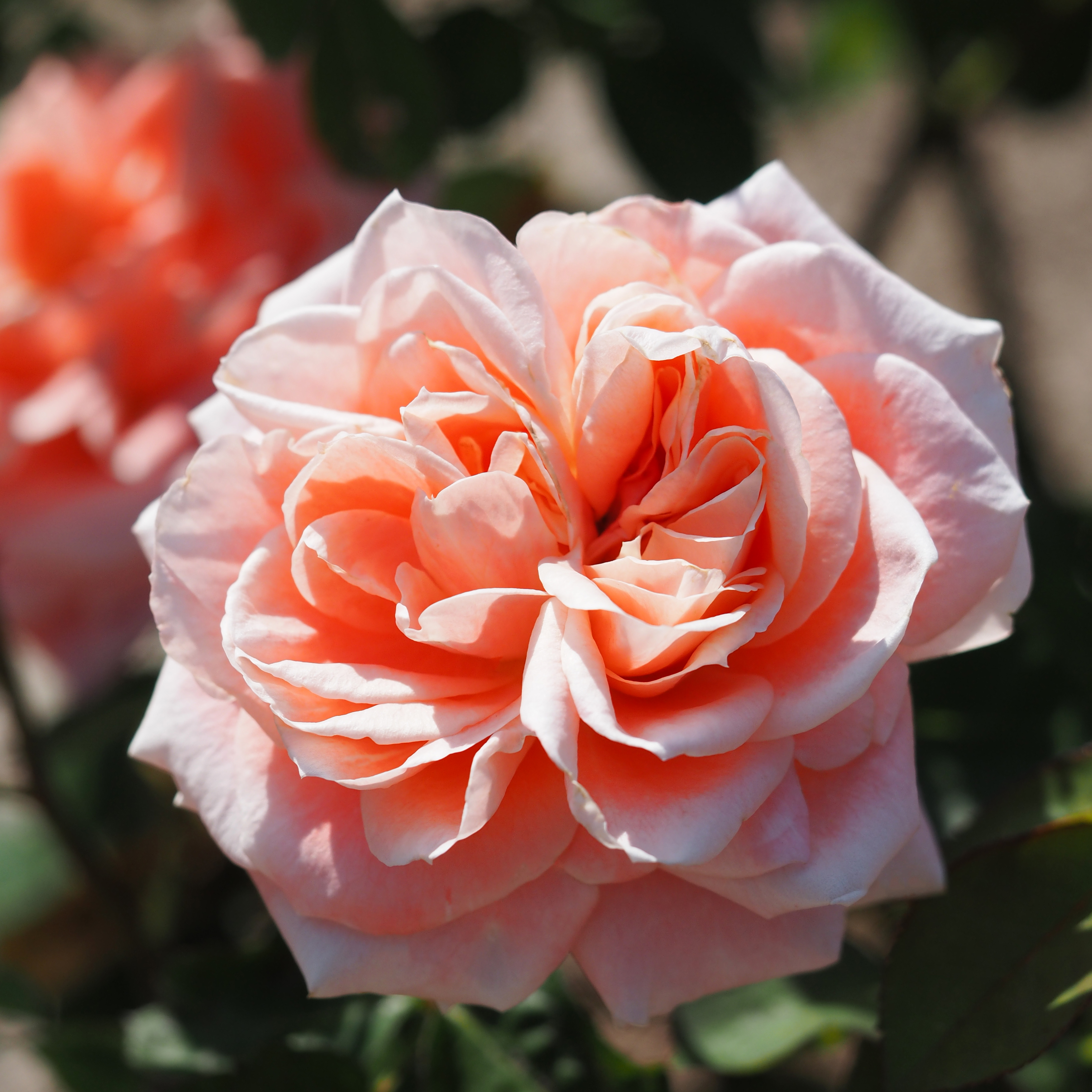
‘Manicure’, Kazuzo Tagashira, 2006
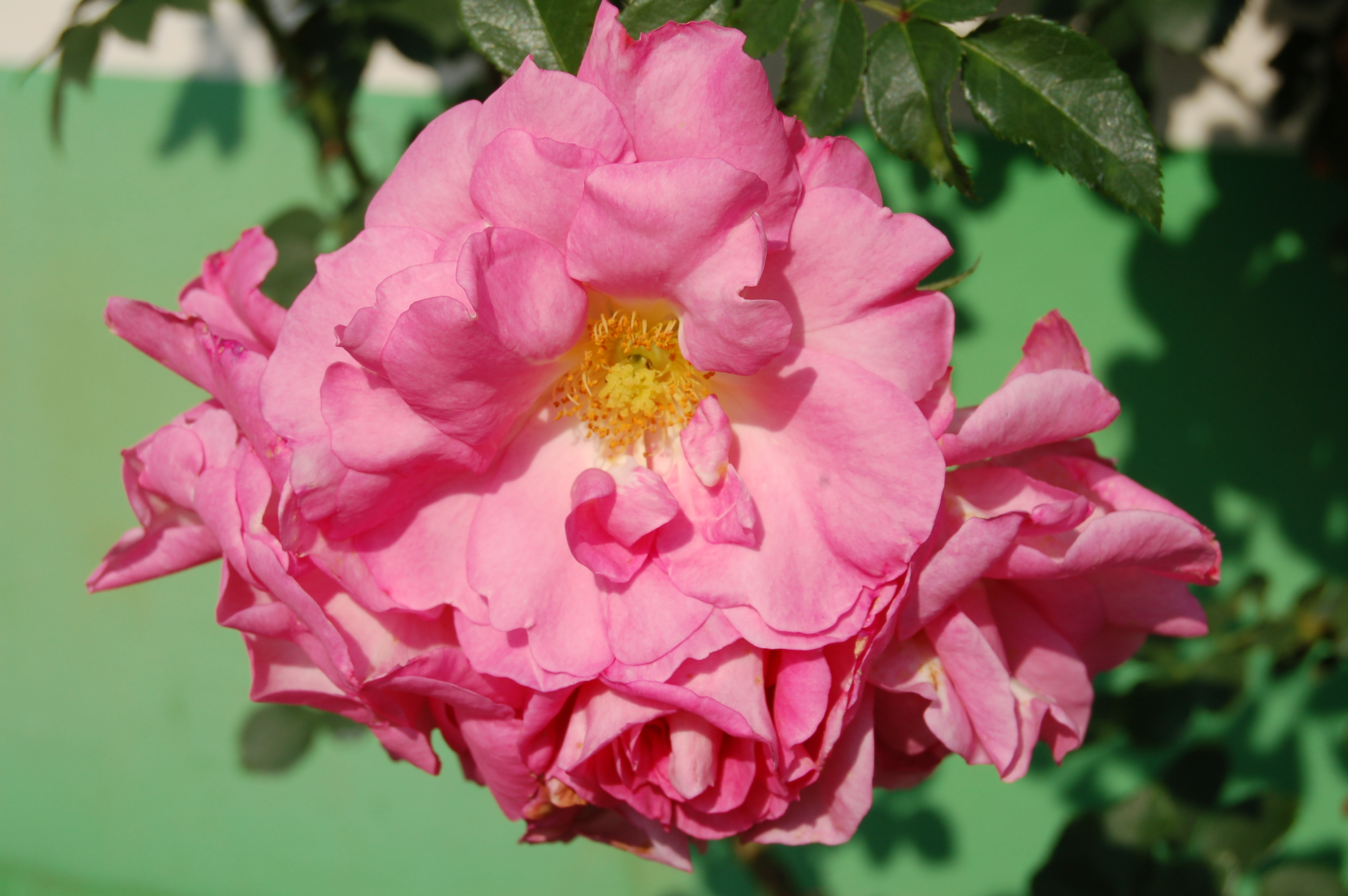
‘Manita’, Kordes, 1998
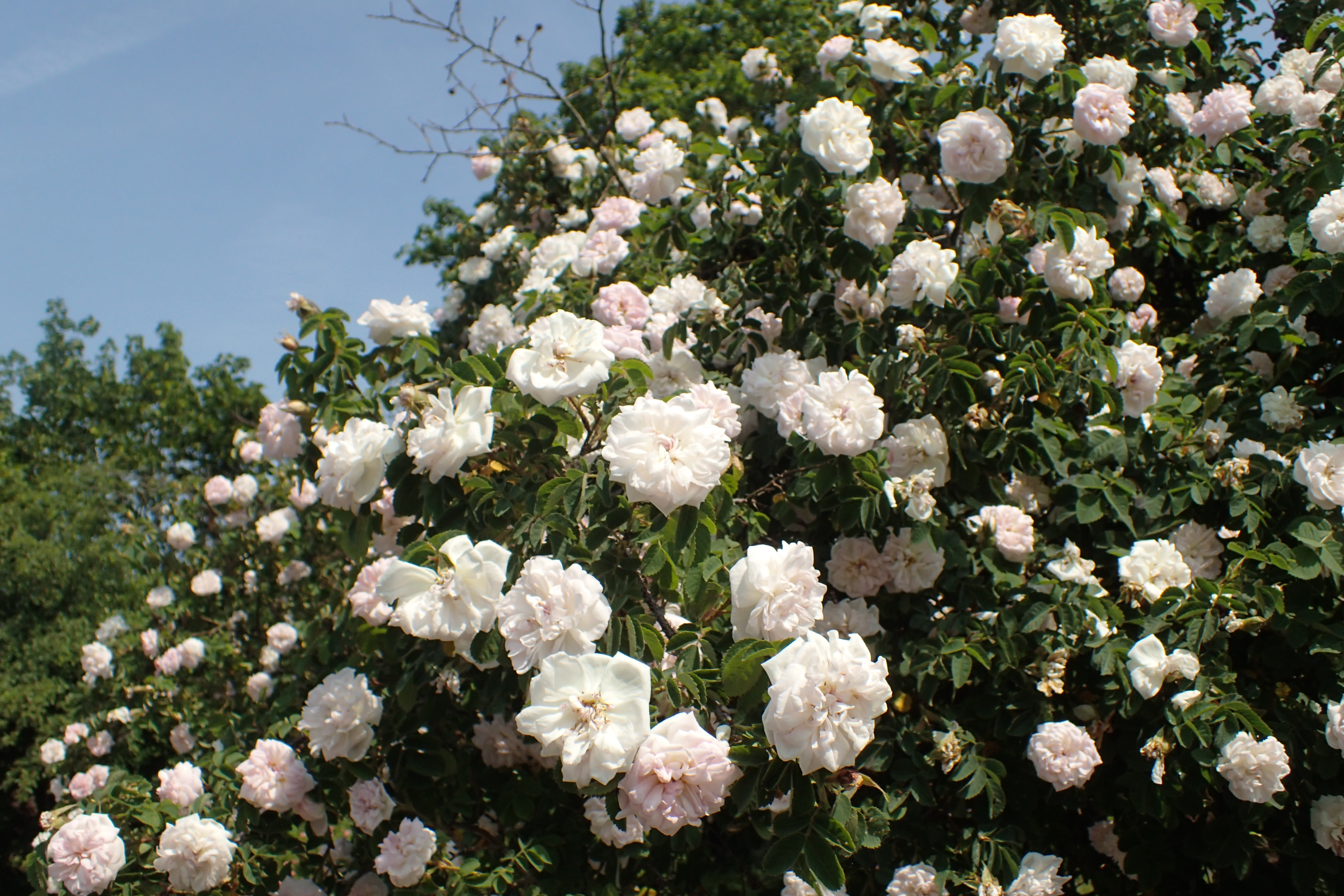
‘Manning’s Blush’, vor 1797
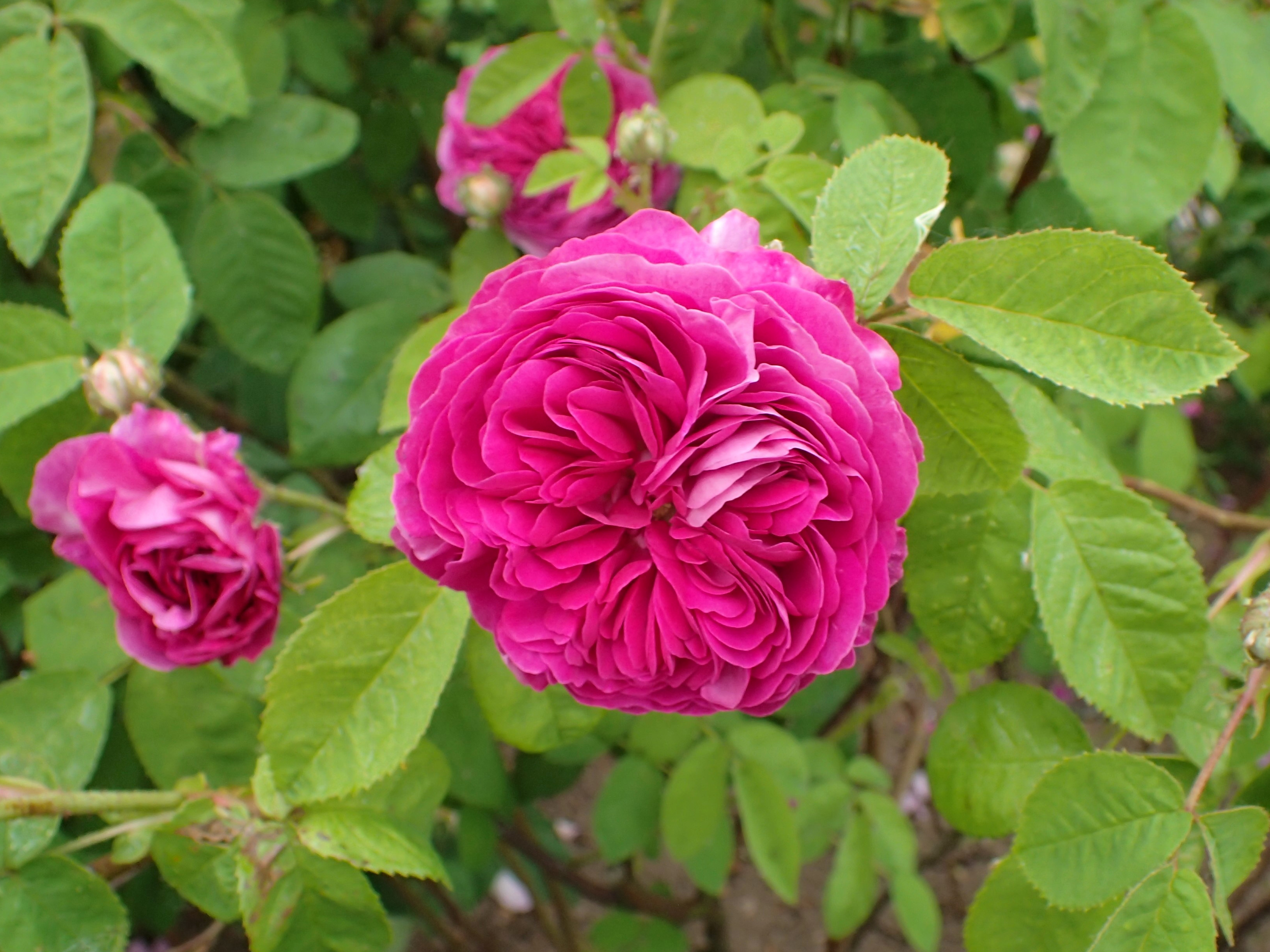
‘Manteau Pourpre’, Vibert, 1823
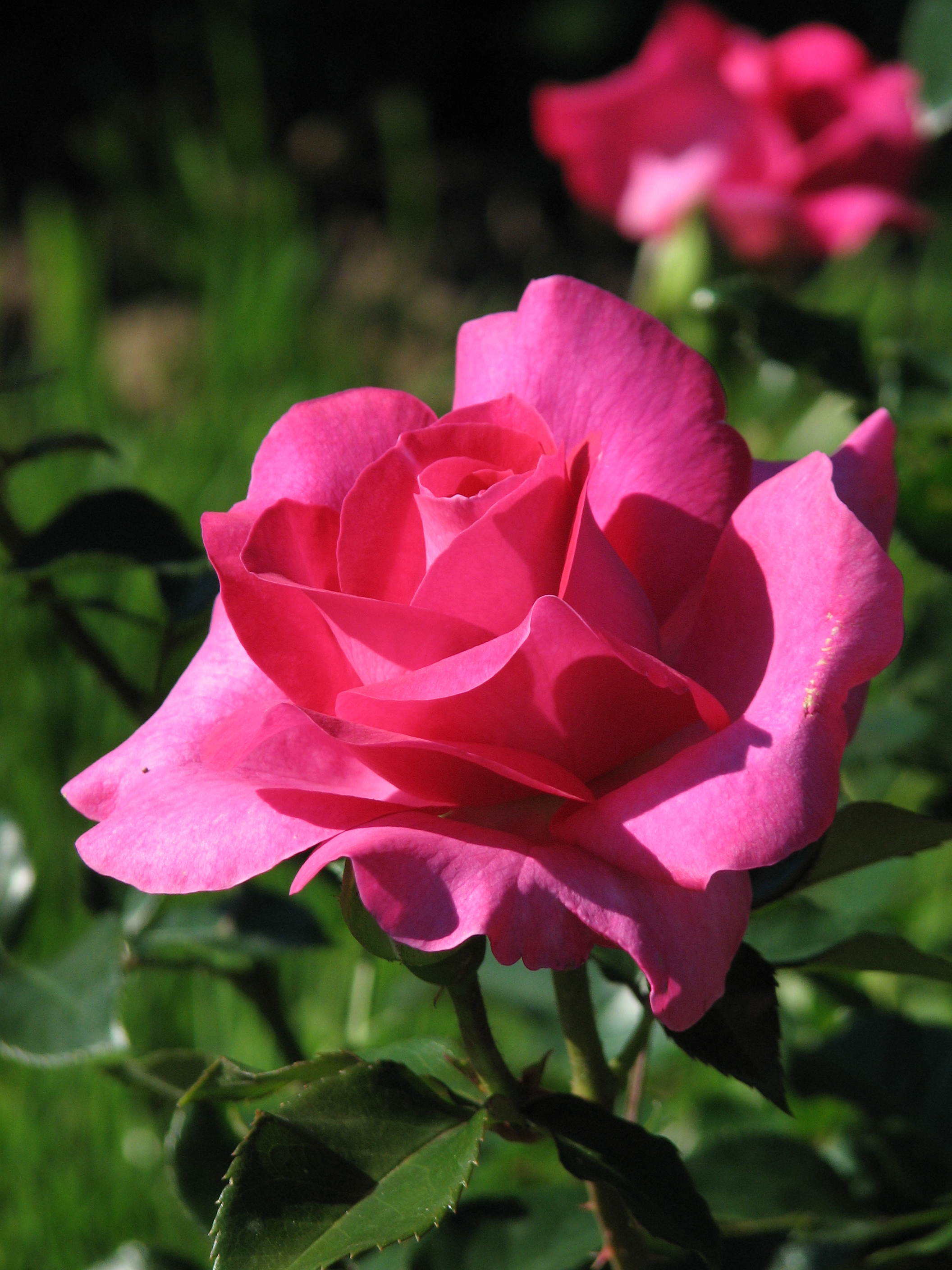
‘Manou Meilland’, Meilland, vor 1977
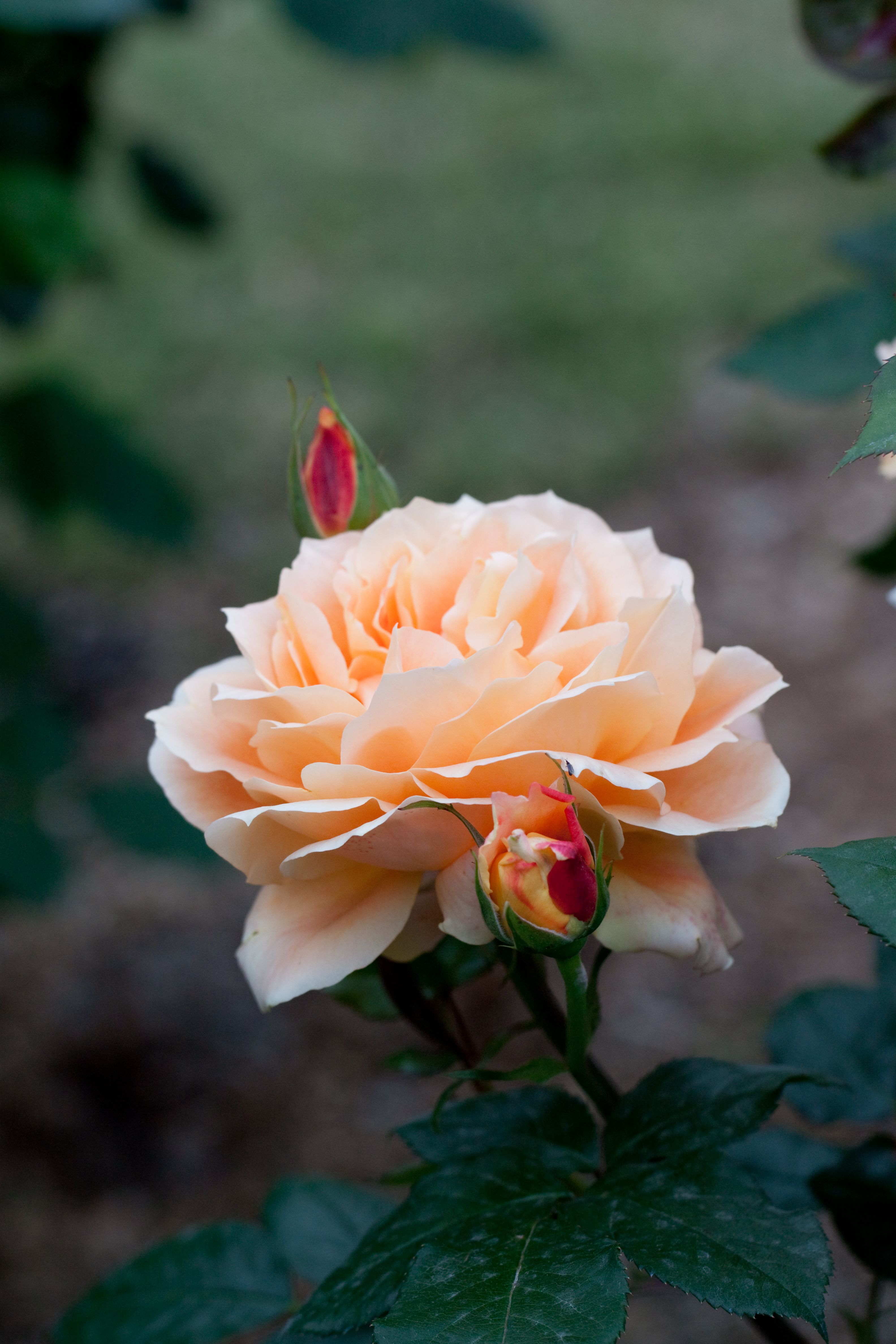
‘Manyo’, Seizo Suzuki, 1988
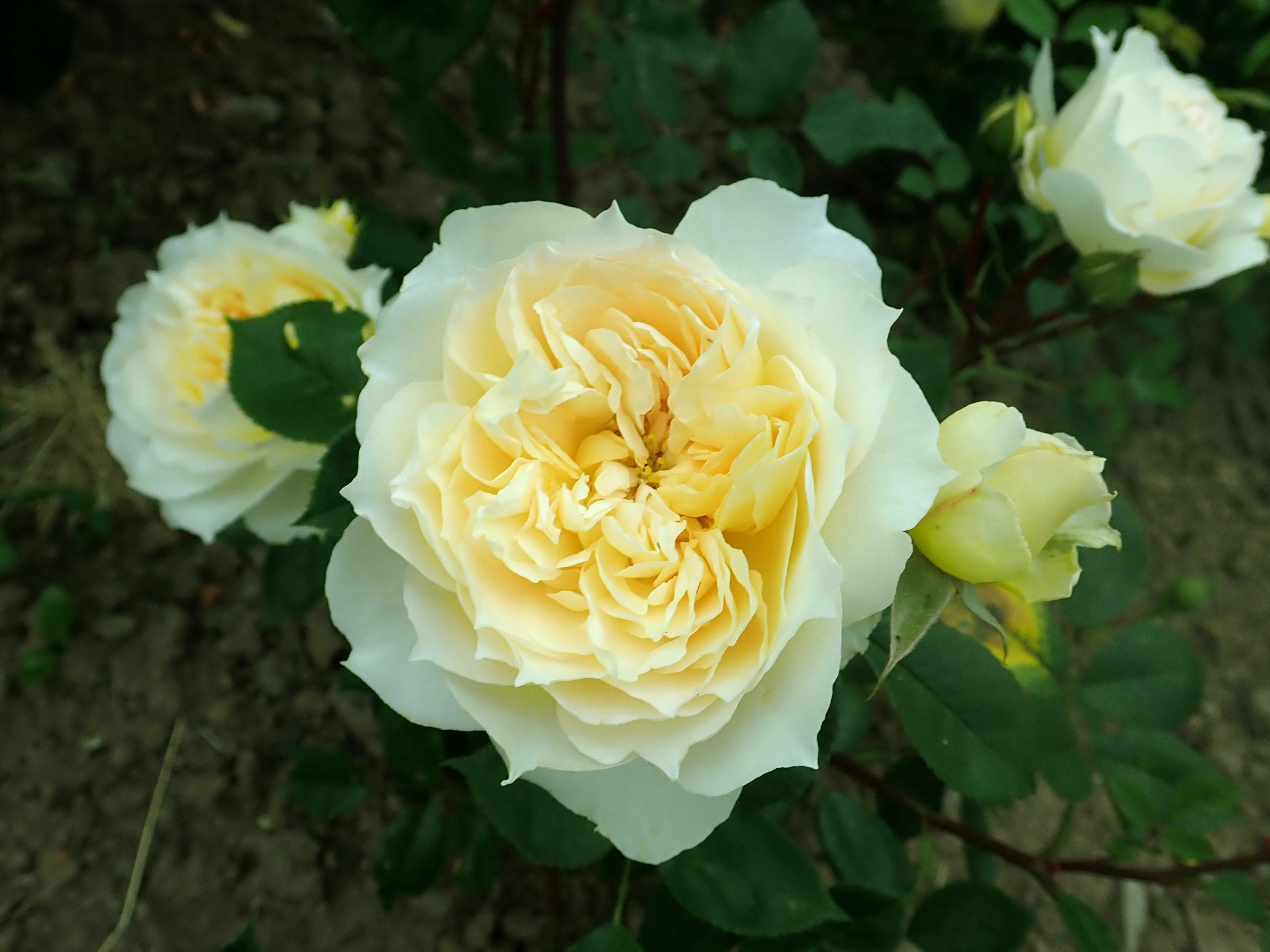
‘Marc-Antoine Charpentier’, Dominique Massad, 2000
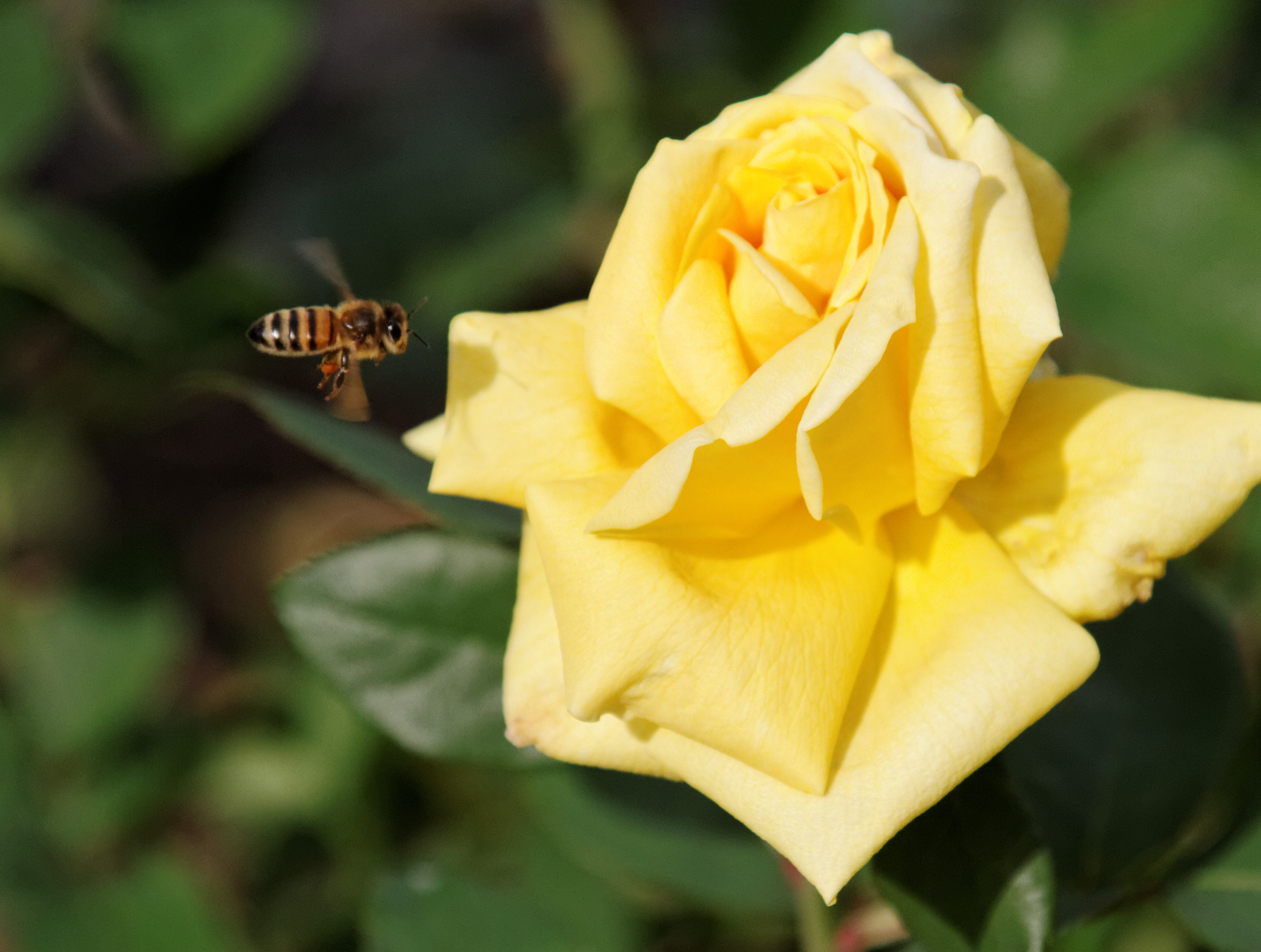
‘Marco Polo’, Meilland, 1992
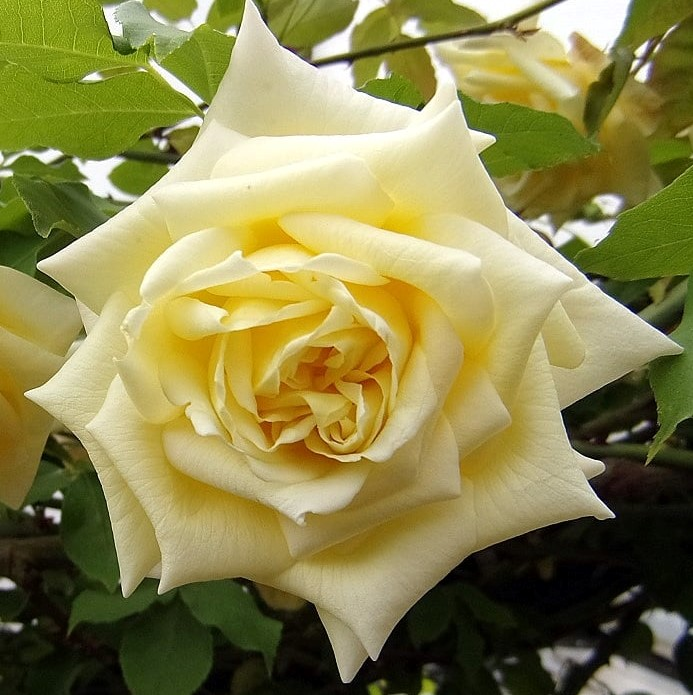
‘Maréchal Niel’, Pradel, 1864
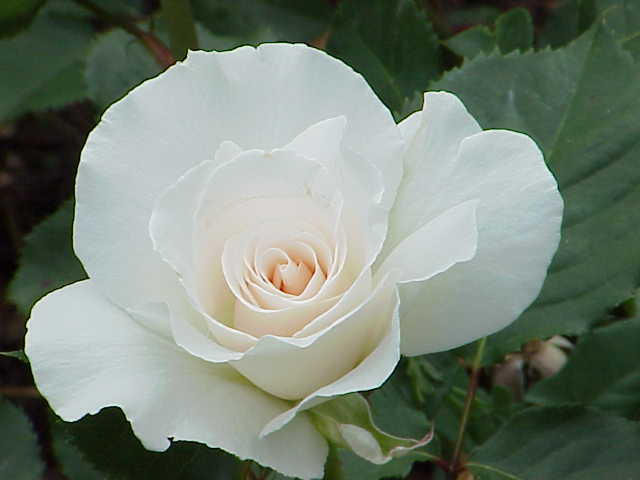
‘Margaret Merril’, Harkness, 1980
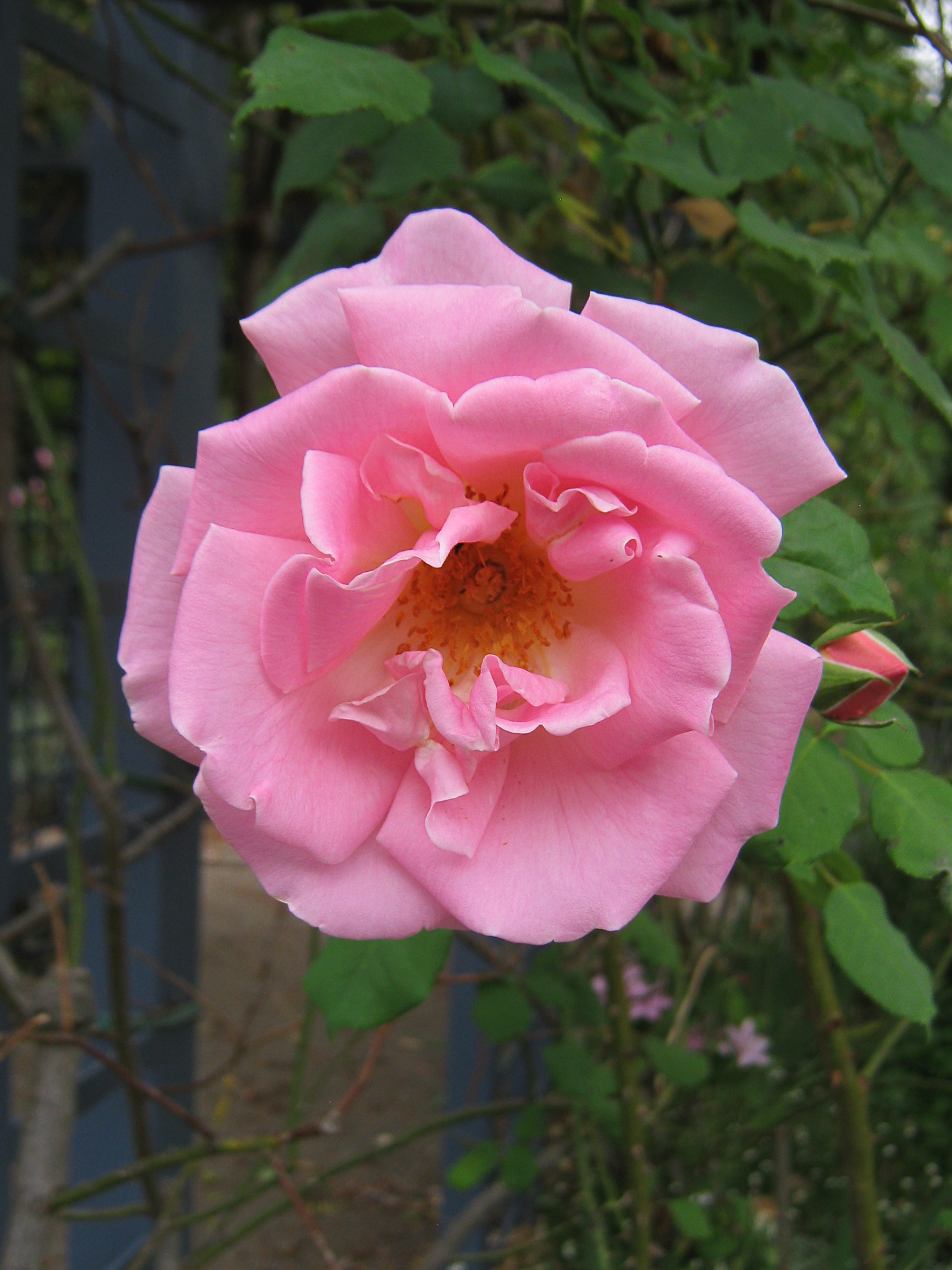
‘Margaret Turnbull’, Alister Clark, 1931
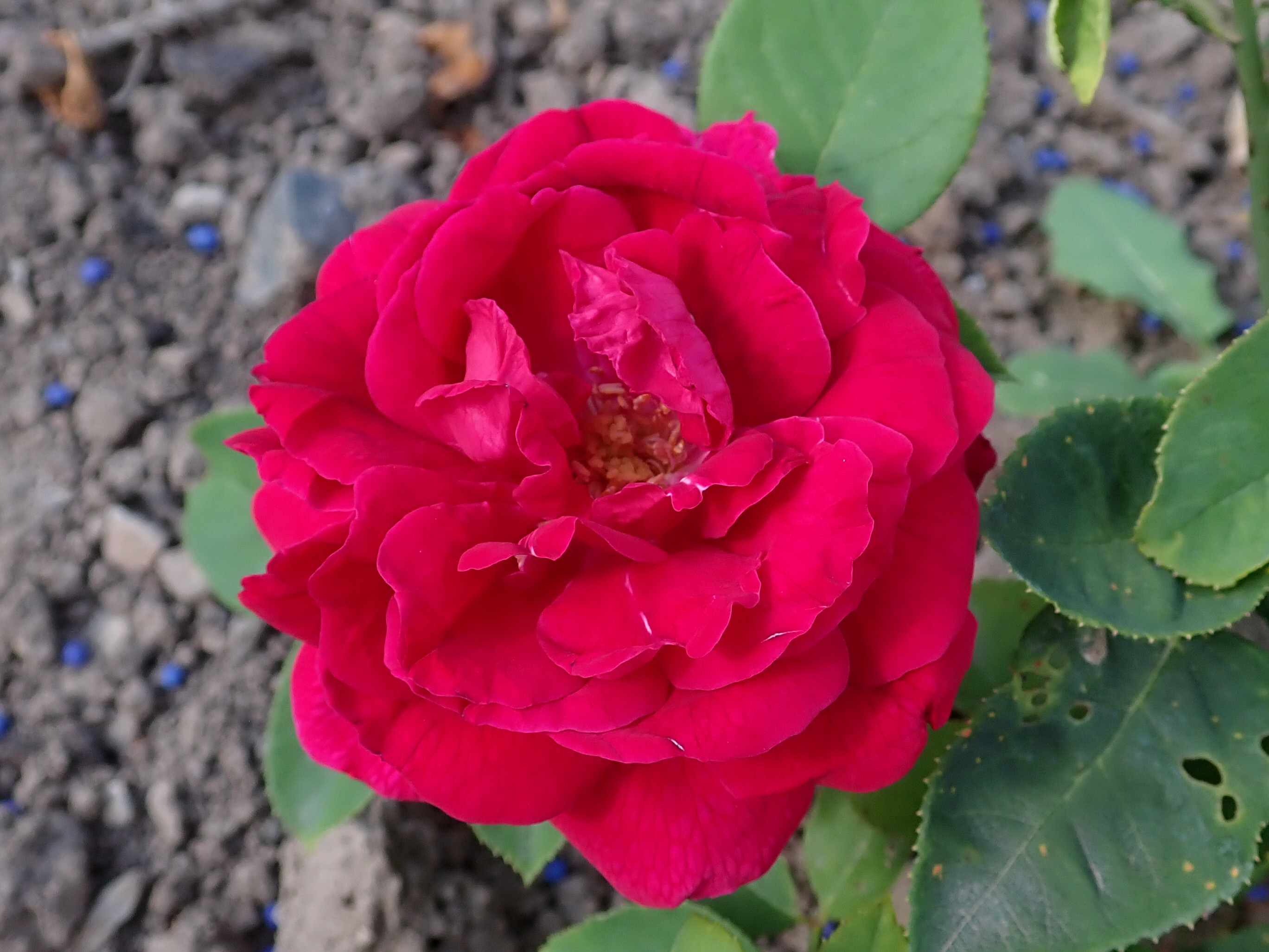
‘Marguerite Brassac’, François Brassac, 1874
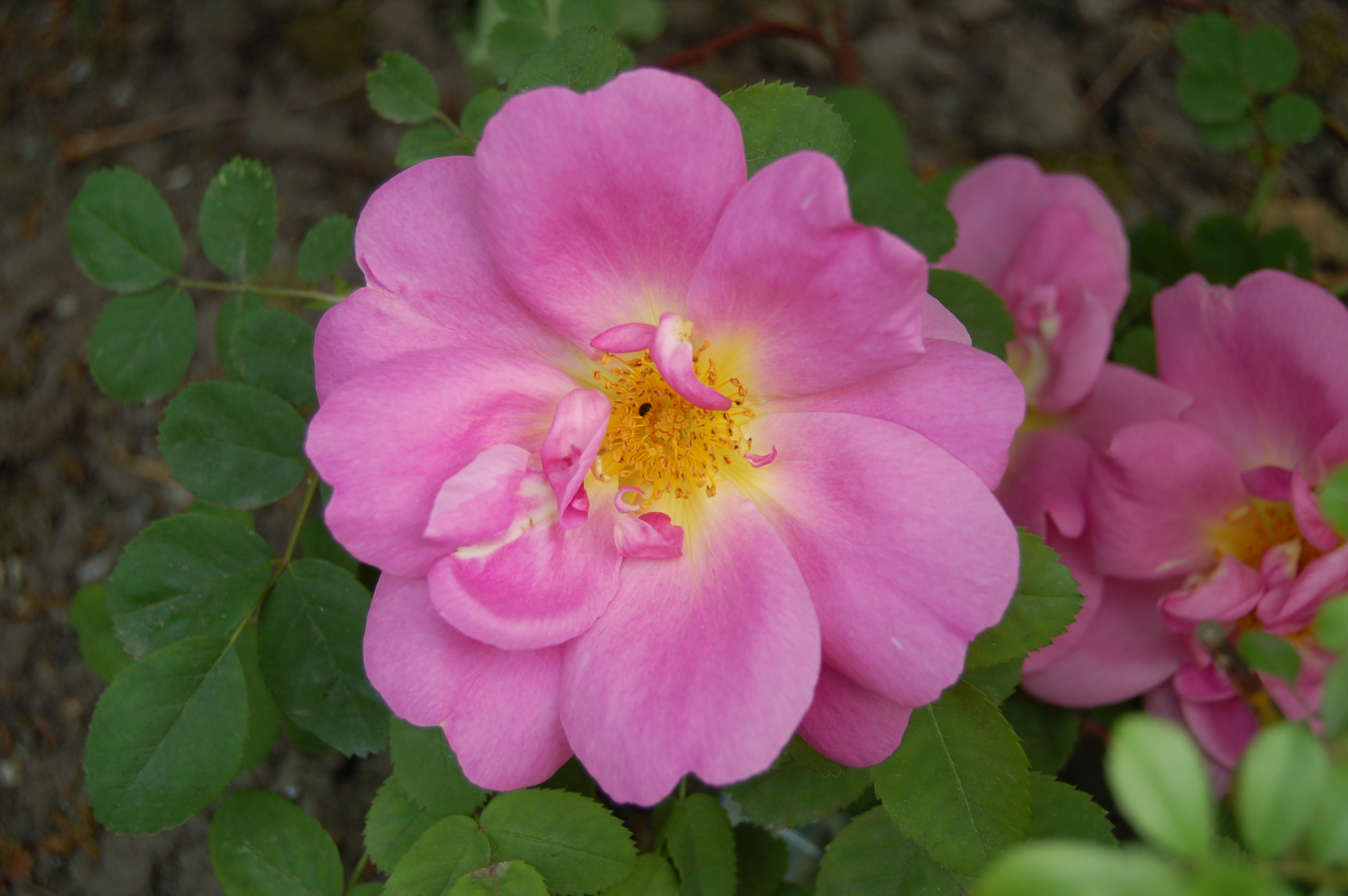
‘Marguerite Hilling’, Hilling, 1959
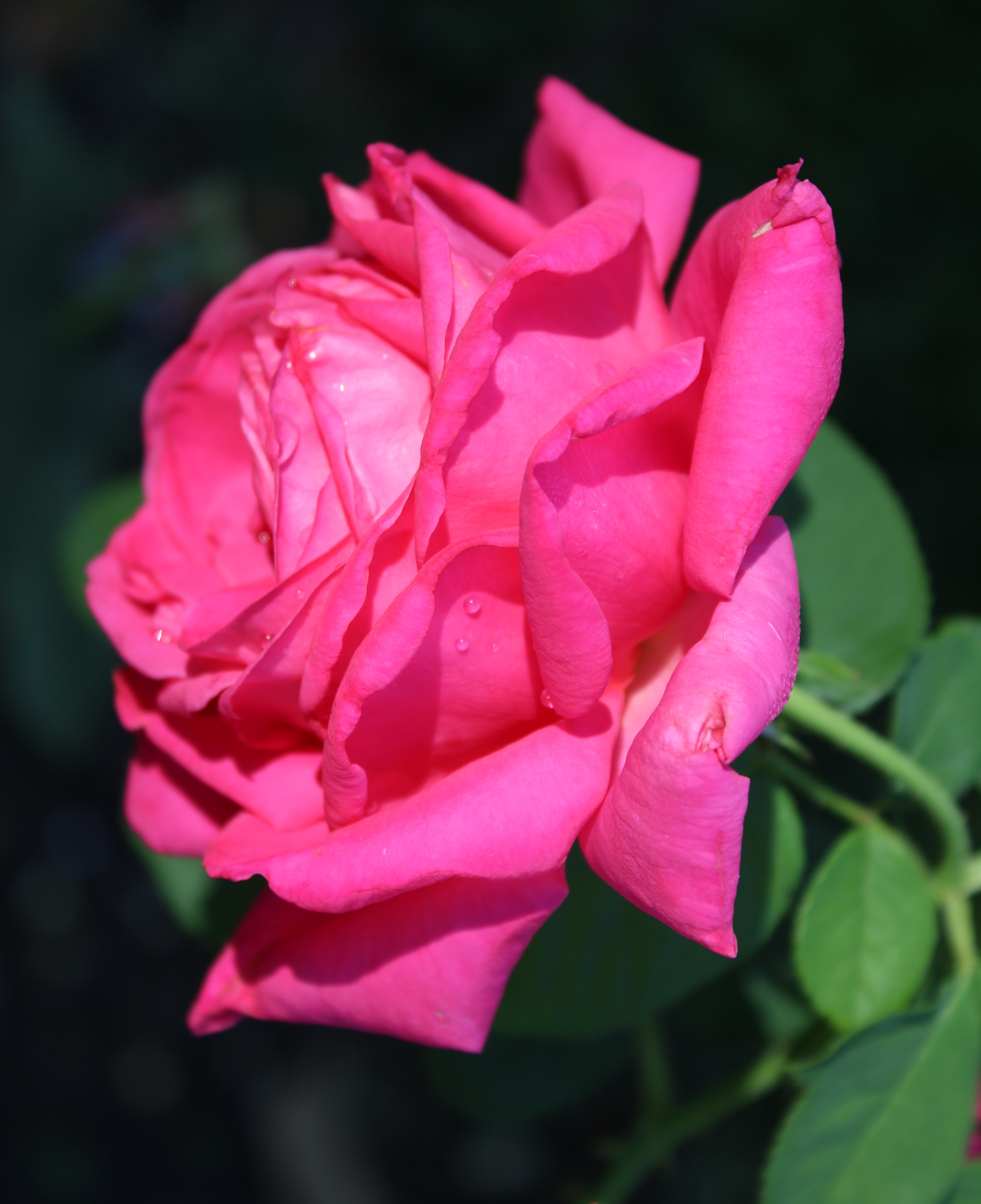
‘Maria Callas’, Meilland, vor 1965
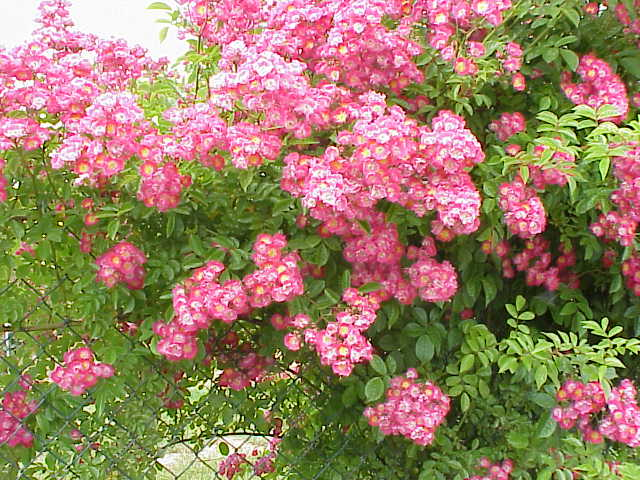
‘Maria Lisa’, Liebau, 1936
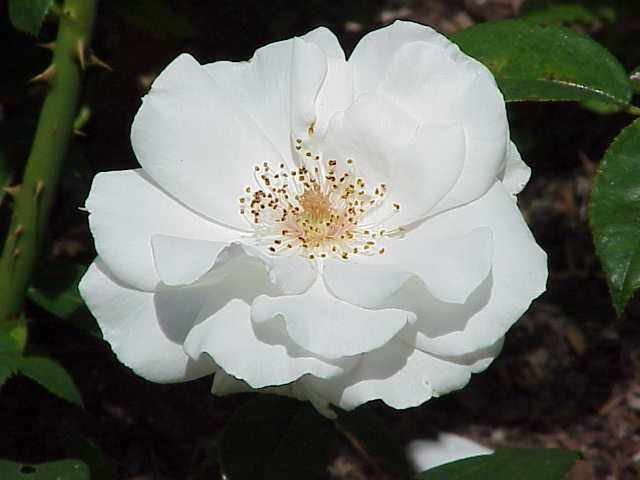
‘Maria Mathilda’, Lens, 1979
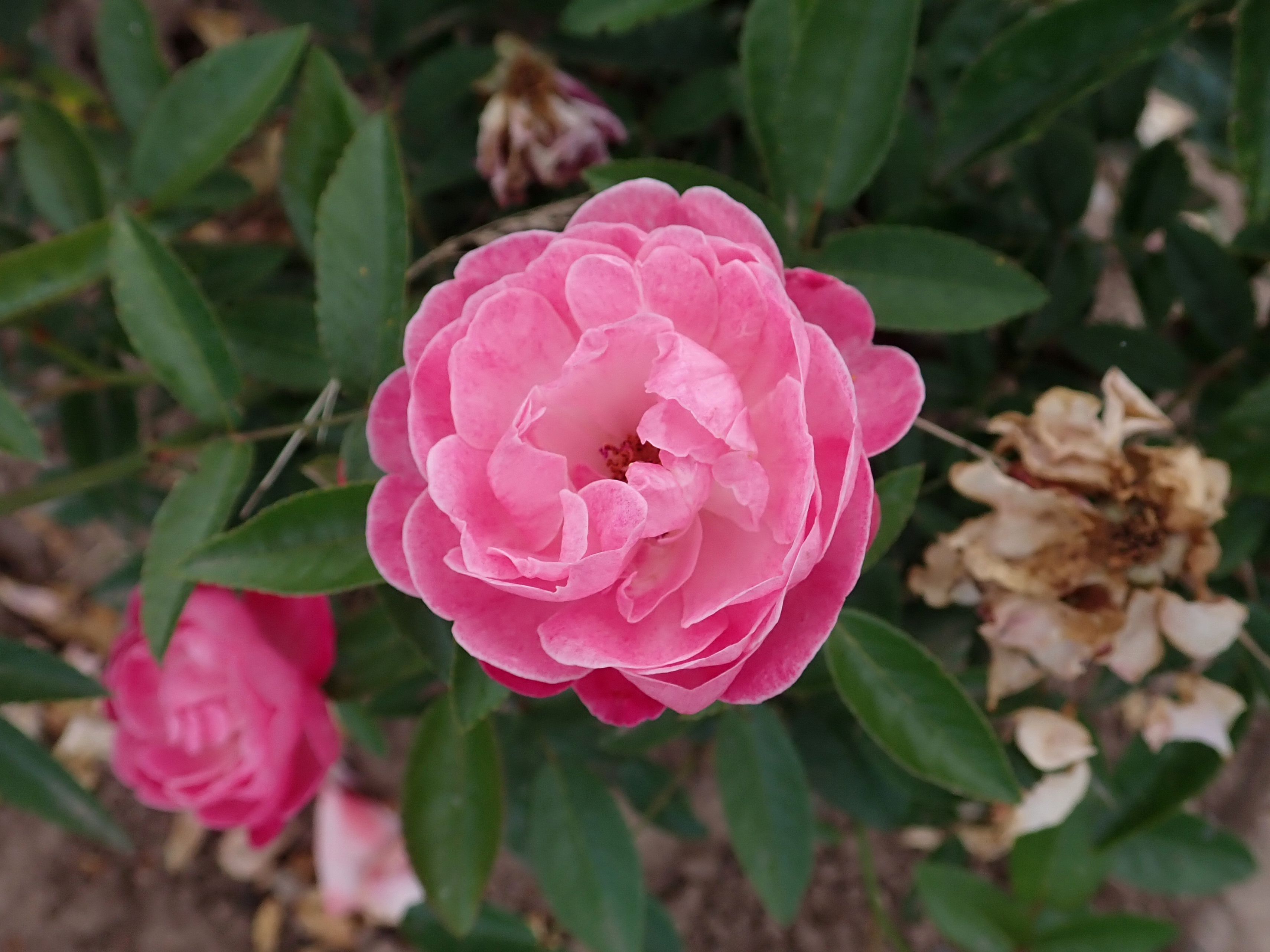
‘Marianne Kluis’, Kordes, 1942
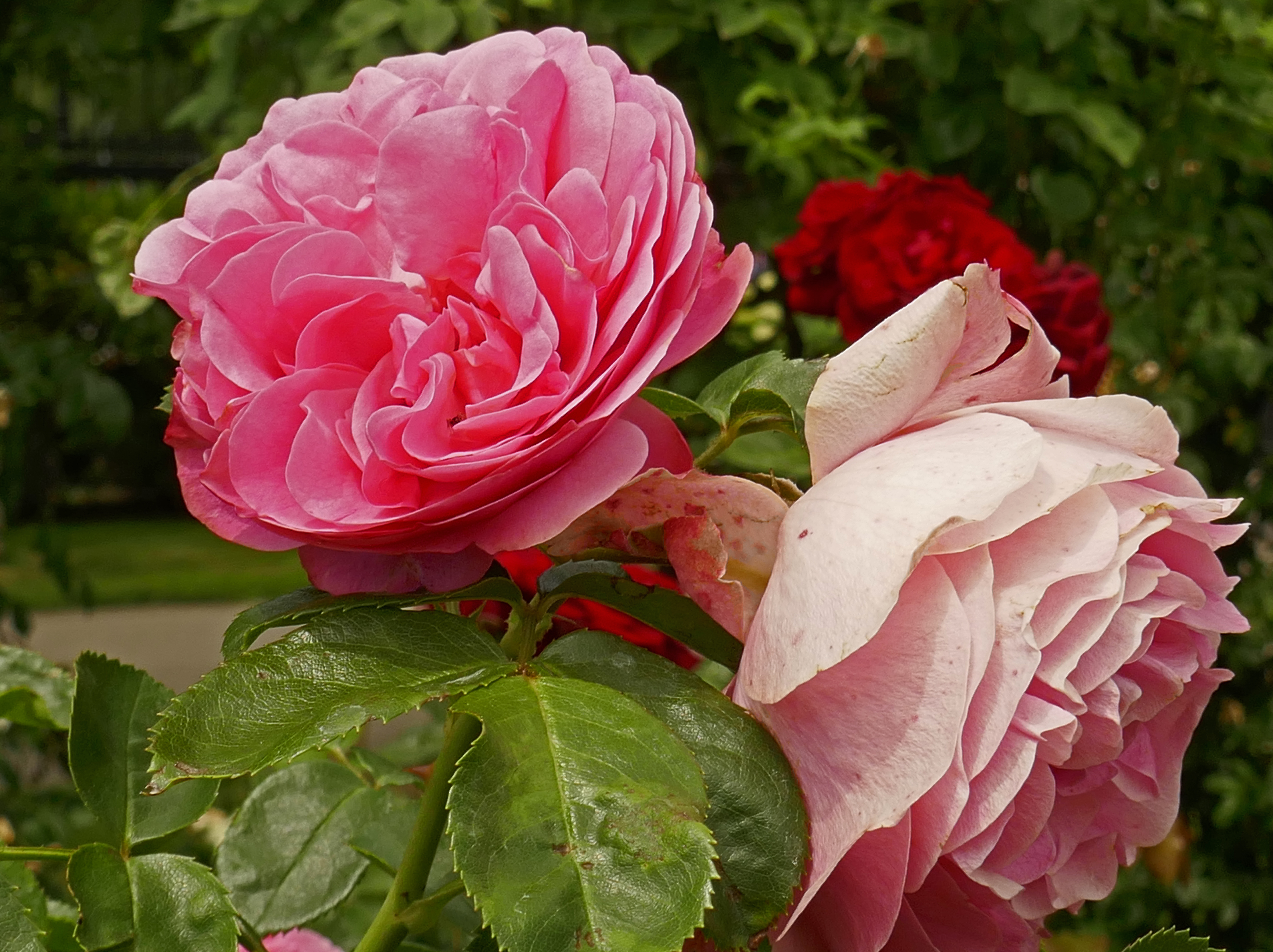
‘Mariatheresia’, Evers, 2003
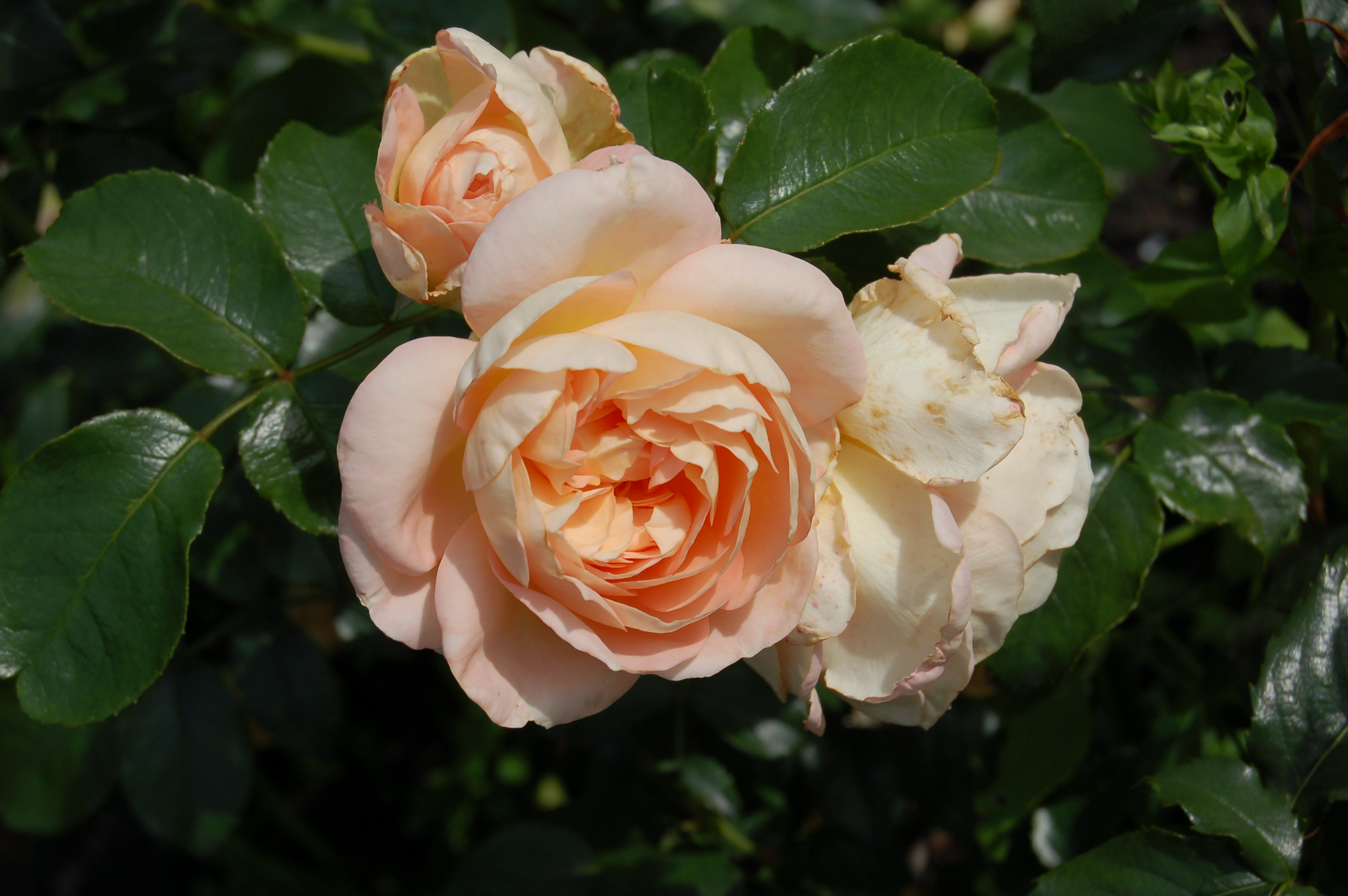
‘Marie Antoinette’, Evers/Tantau, 2003
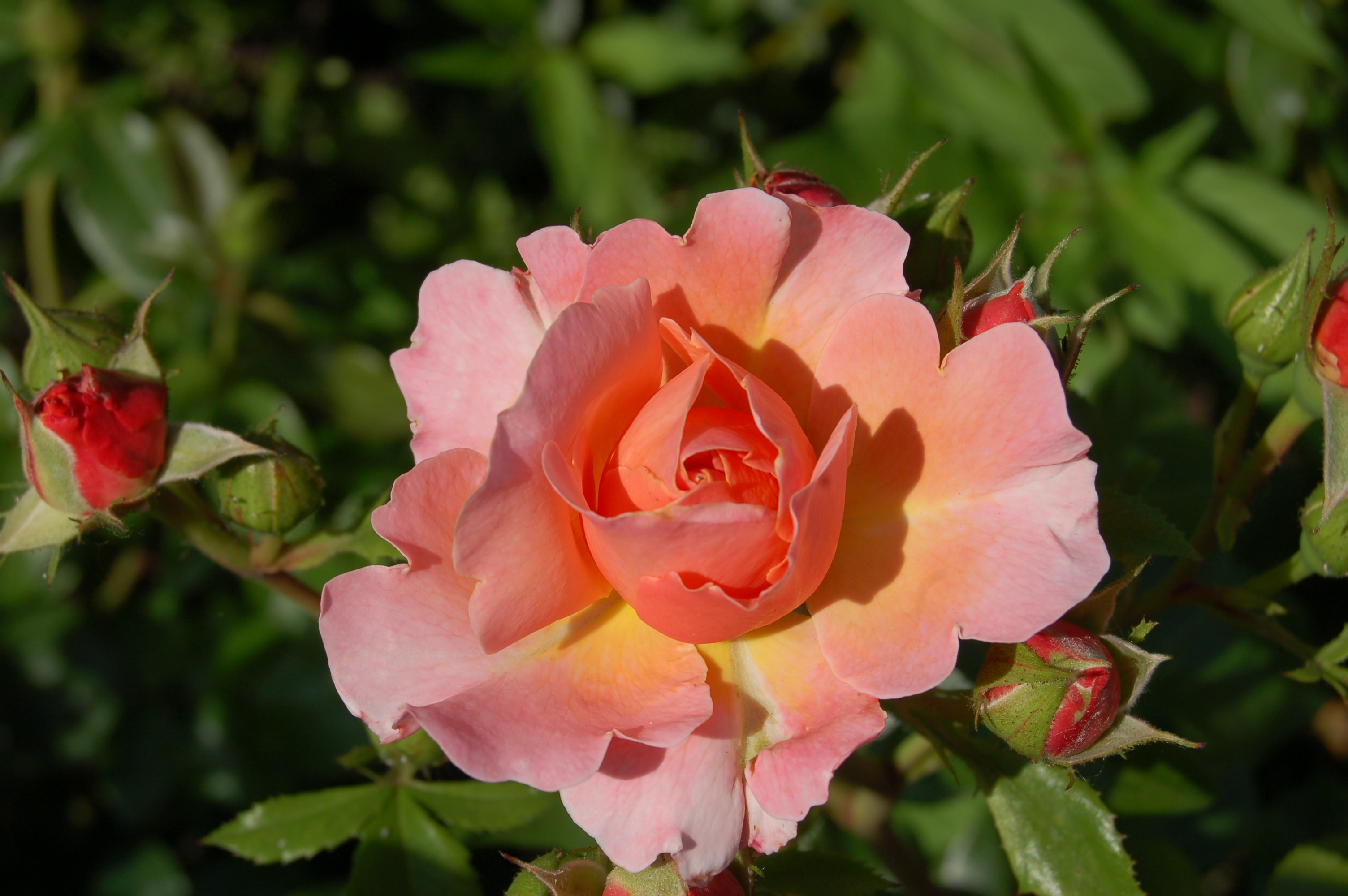
‘Marie Curie’, Meilland, 1997
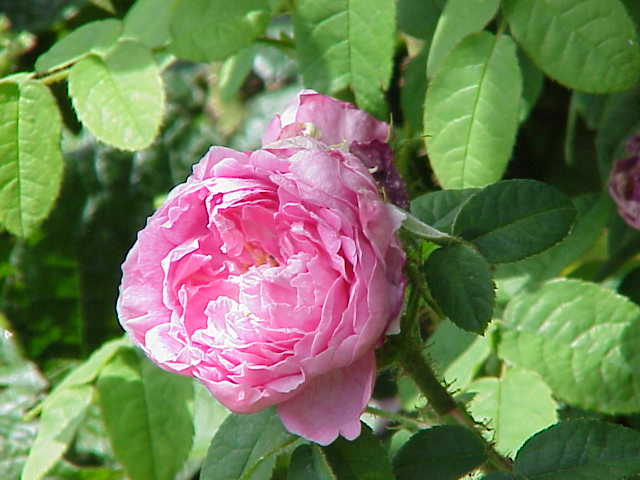
‘Marie de Blois’, Robert, 1852
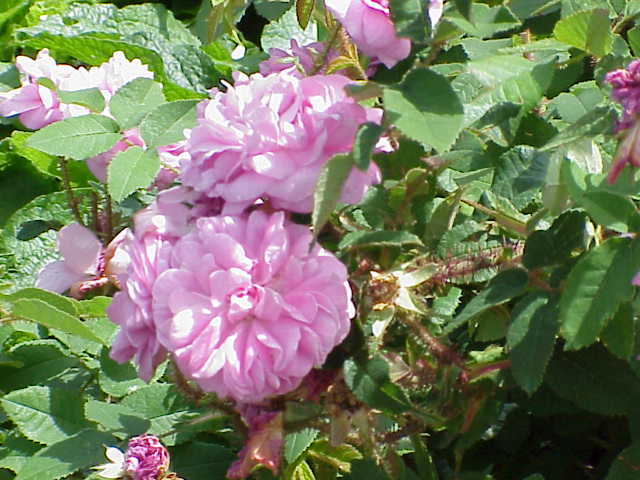
‘Marie de Bourgogne’, Vibert, um 1850
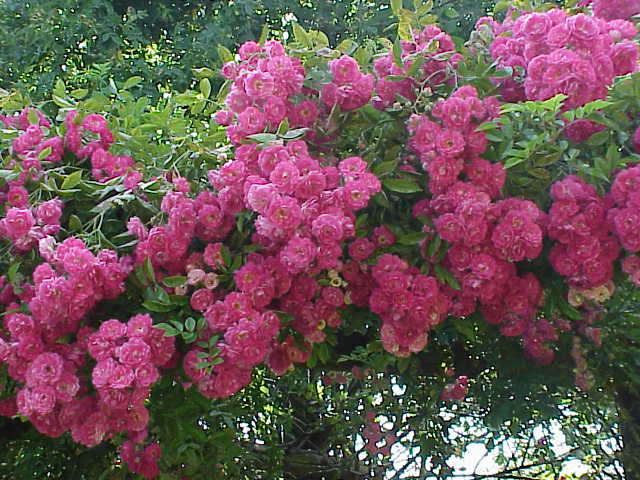
‘Marie Gouchault’, Turbat, 1927
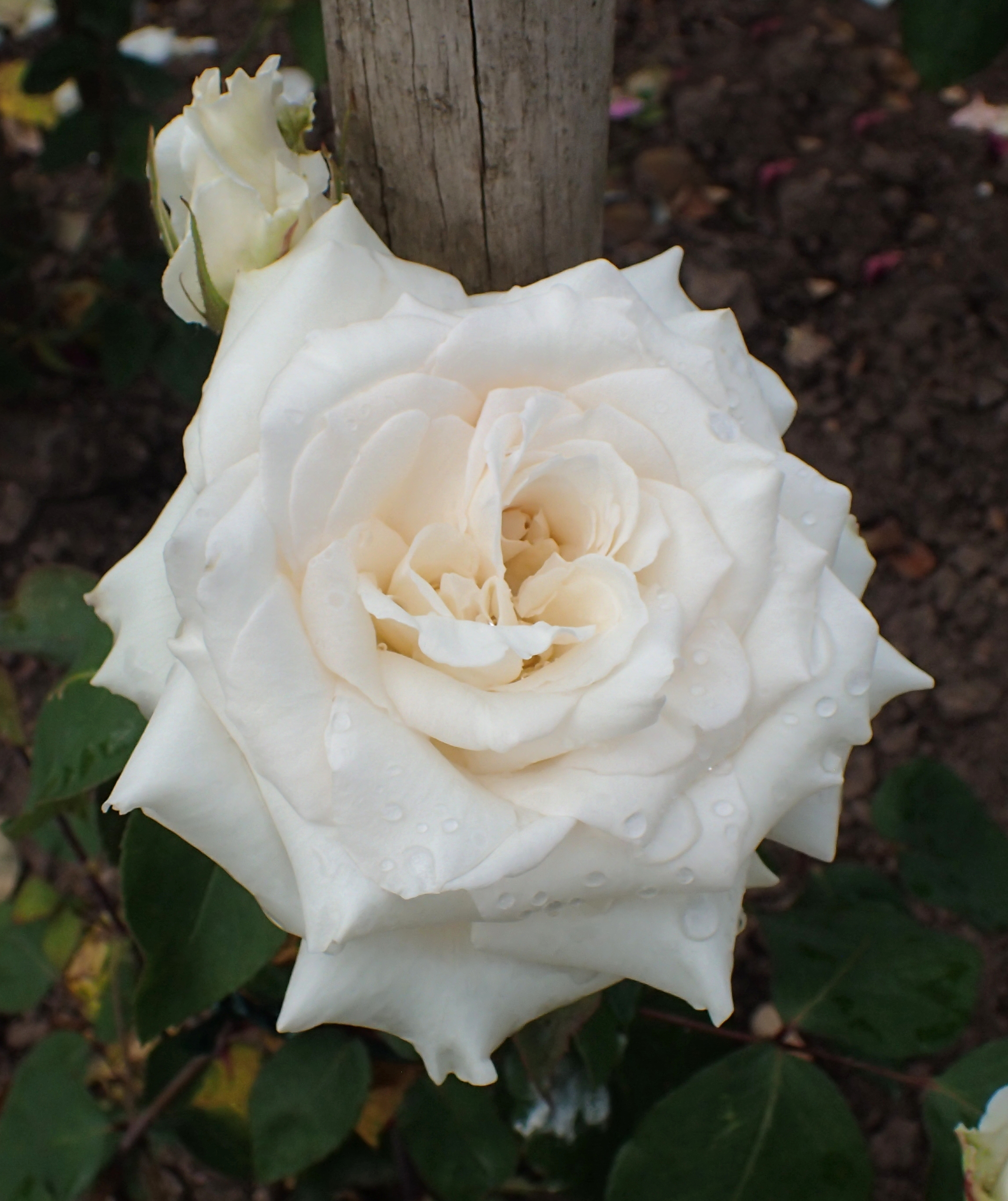
‘Marie Henry’, Buatois, 1900
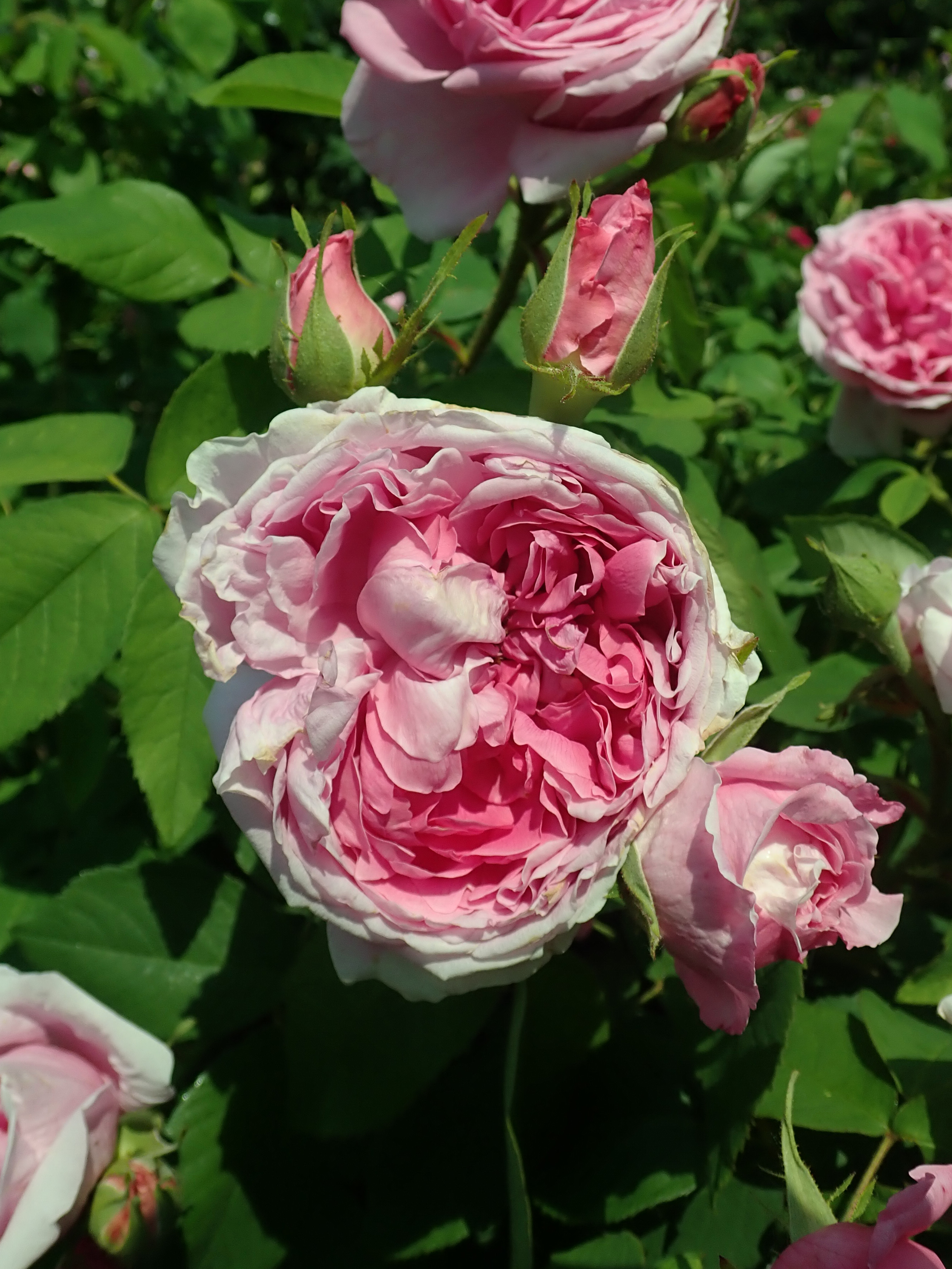
‘Marie Louise’, Malmaison, 1813
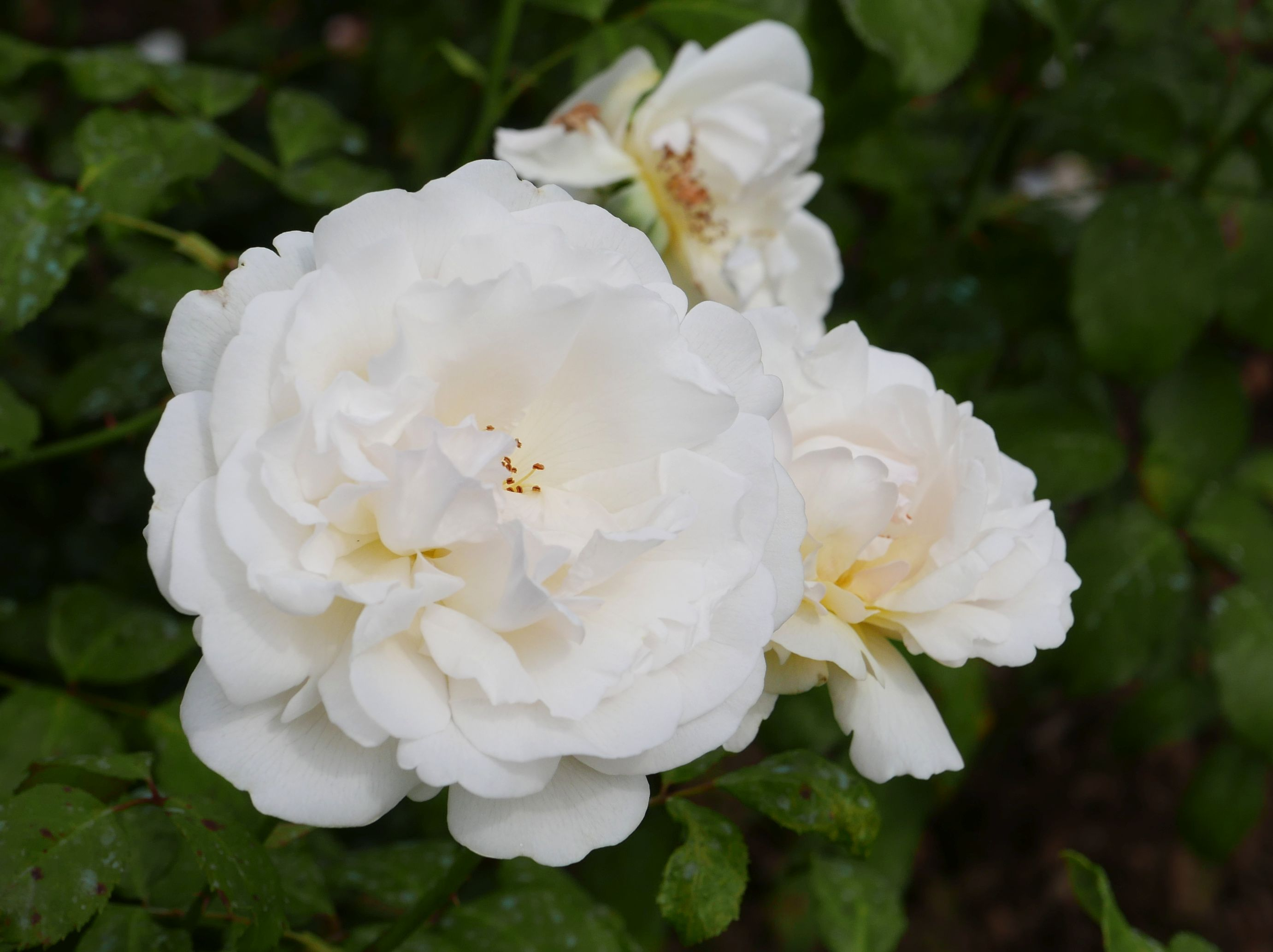
‘Marie Luise Marjan’, Kordes, 1999
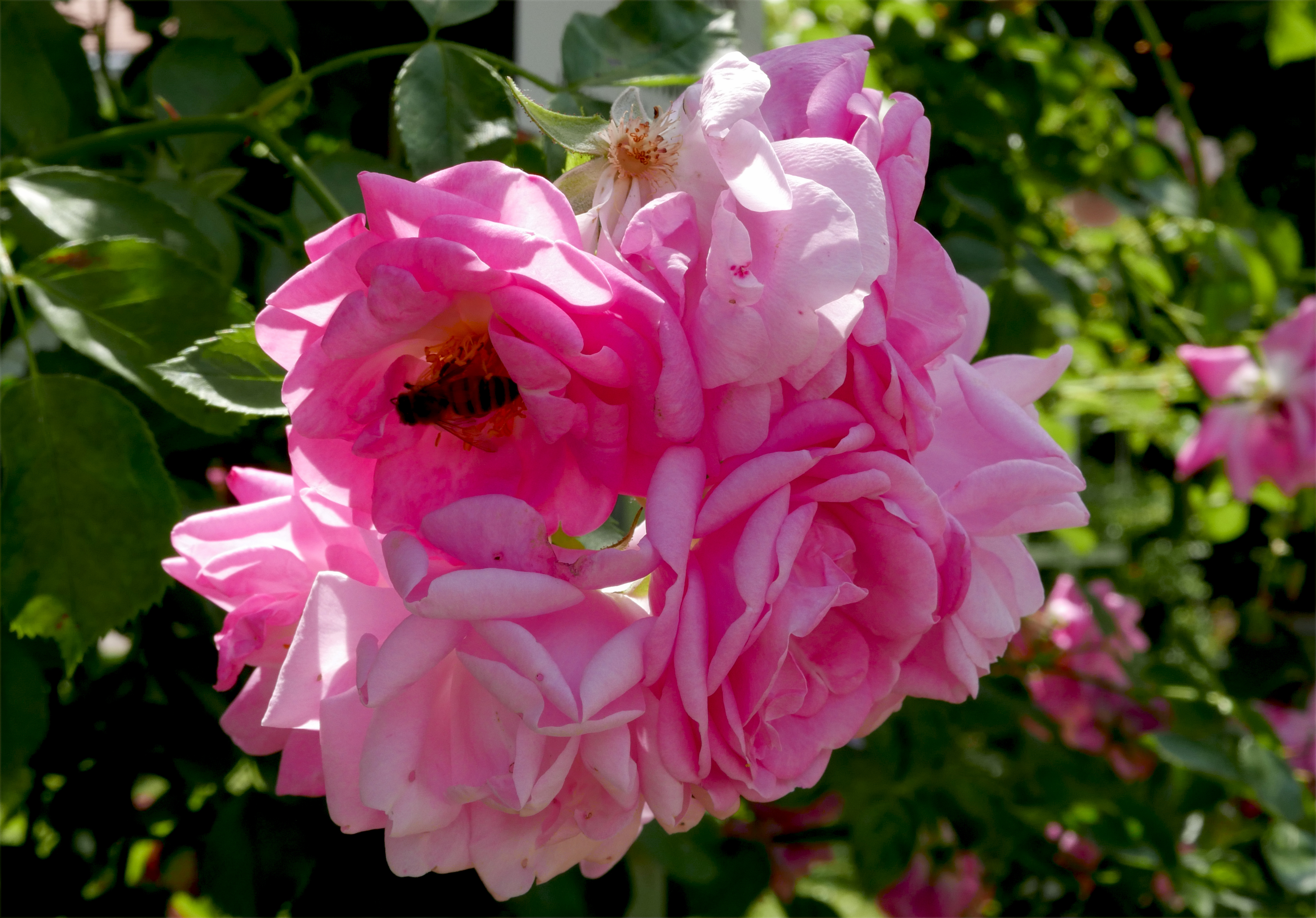
‘Marietta Silva Taroucová’, Zeman, 1925
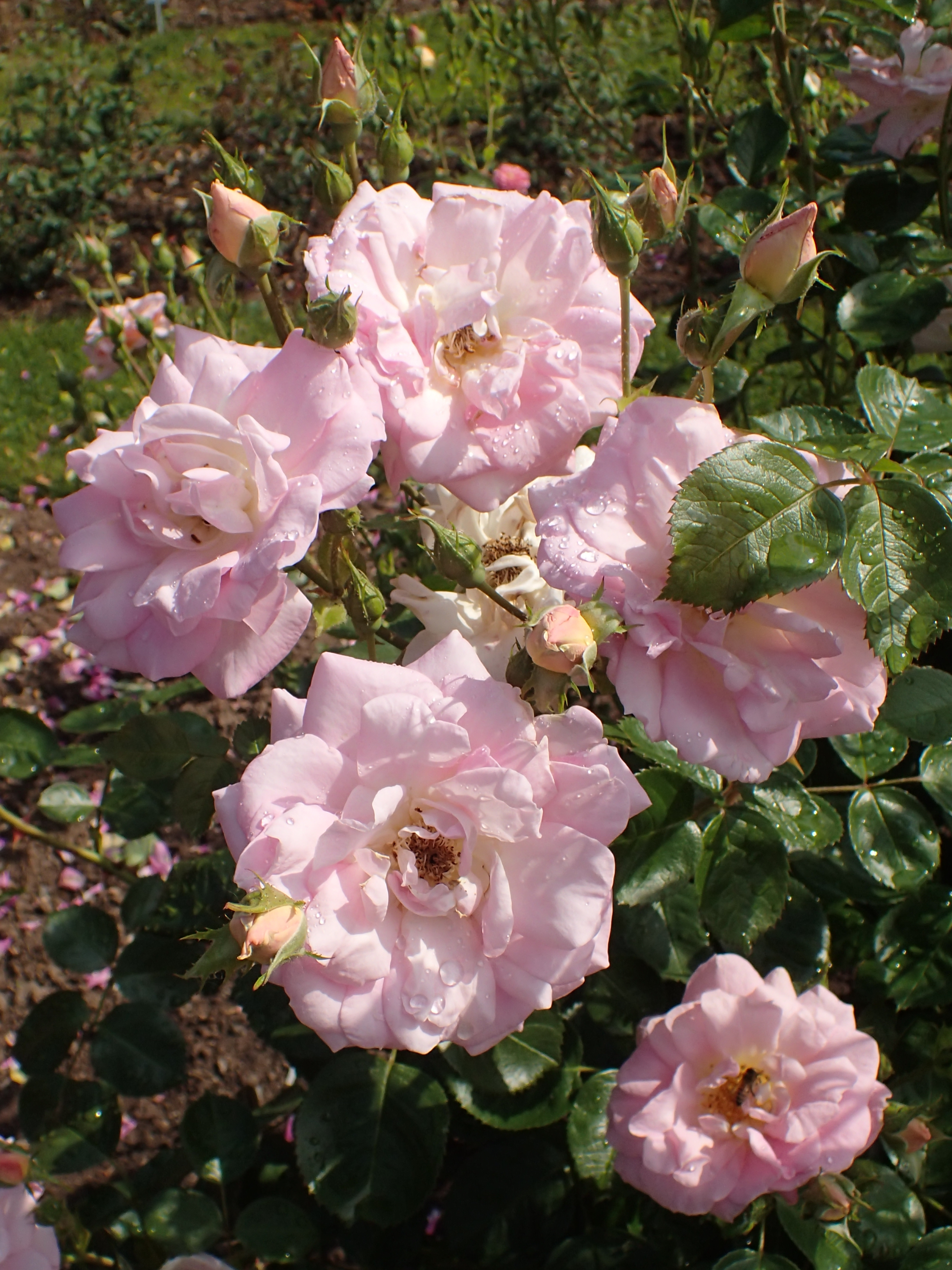
‘Marie Victorin’, Ian S. Ogilvie/Felicitas Svejda, 1983
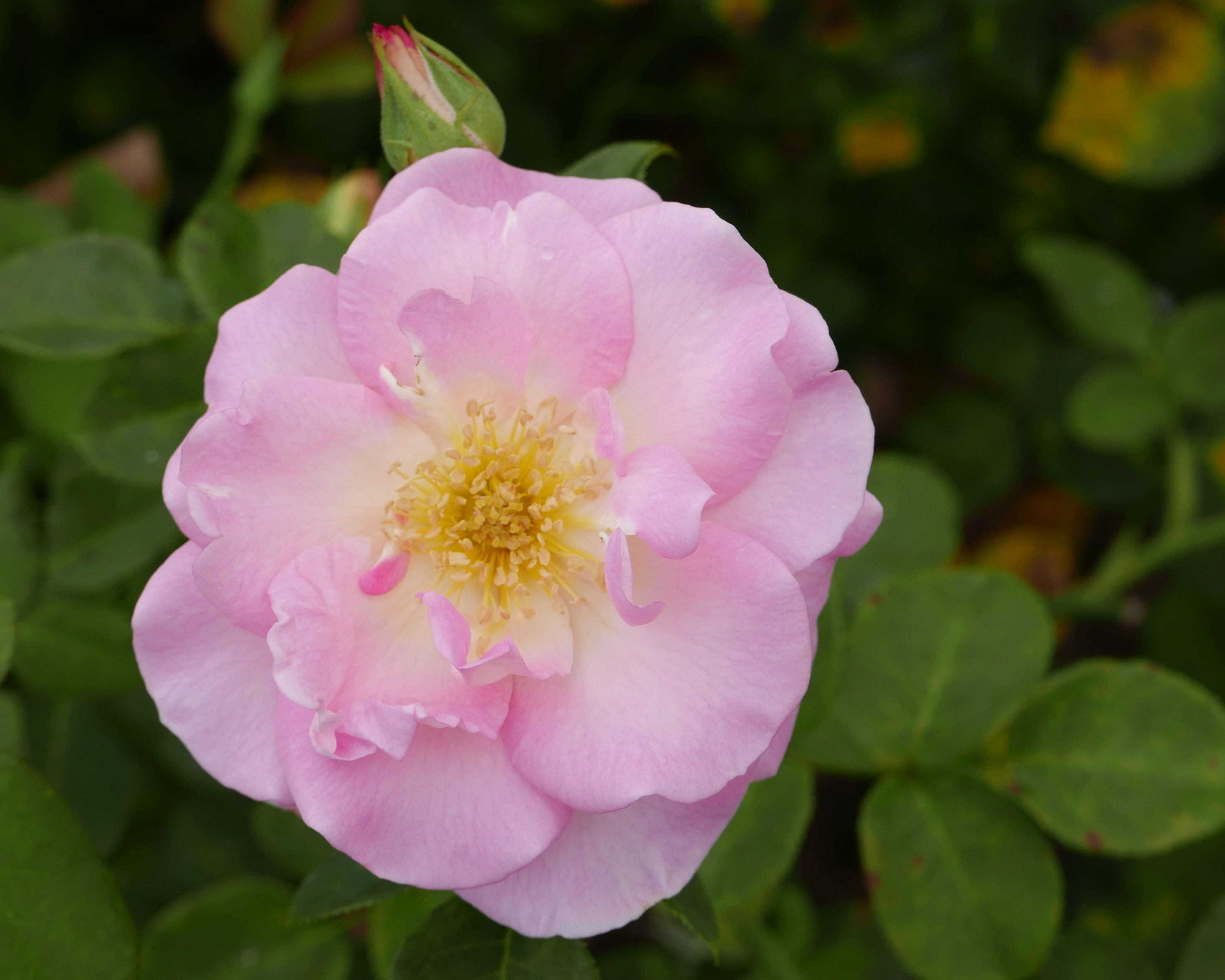
‘Marinette’, Austin, 1995
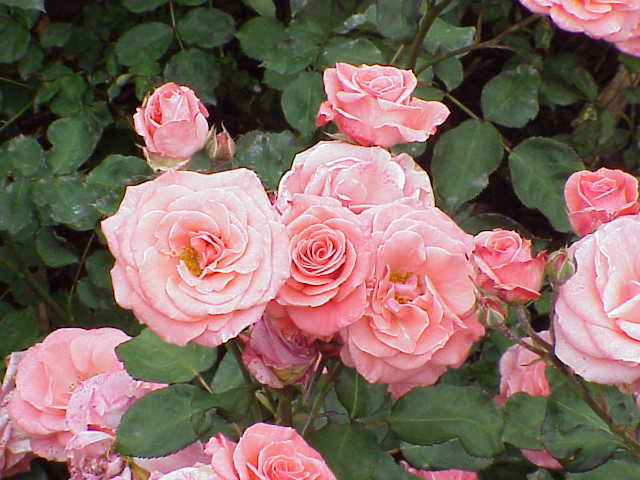
‘Marion’, de Ruiter, 1956
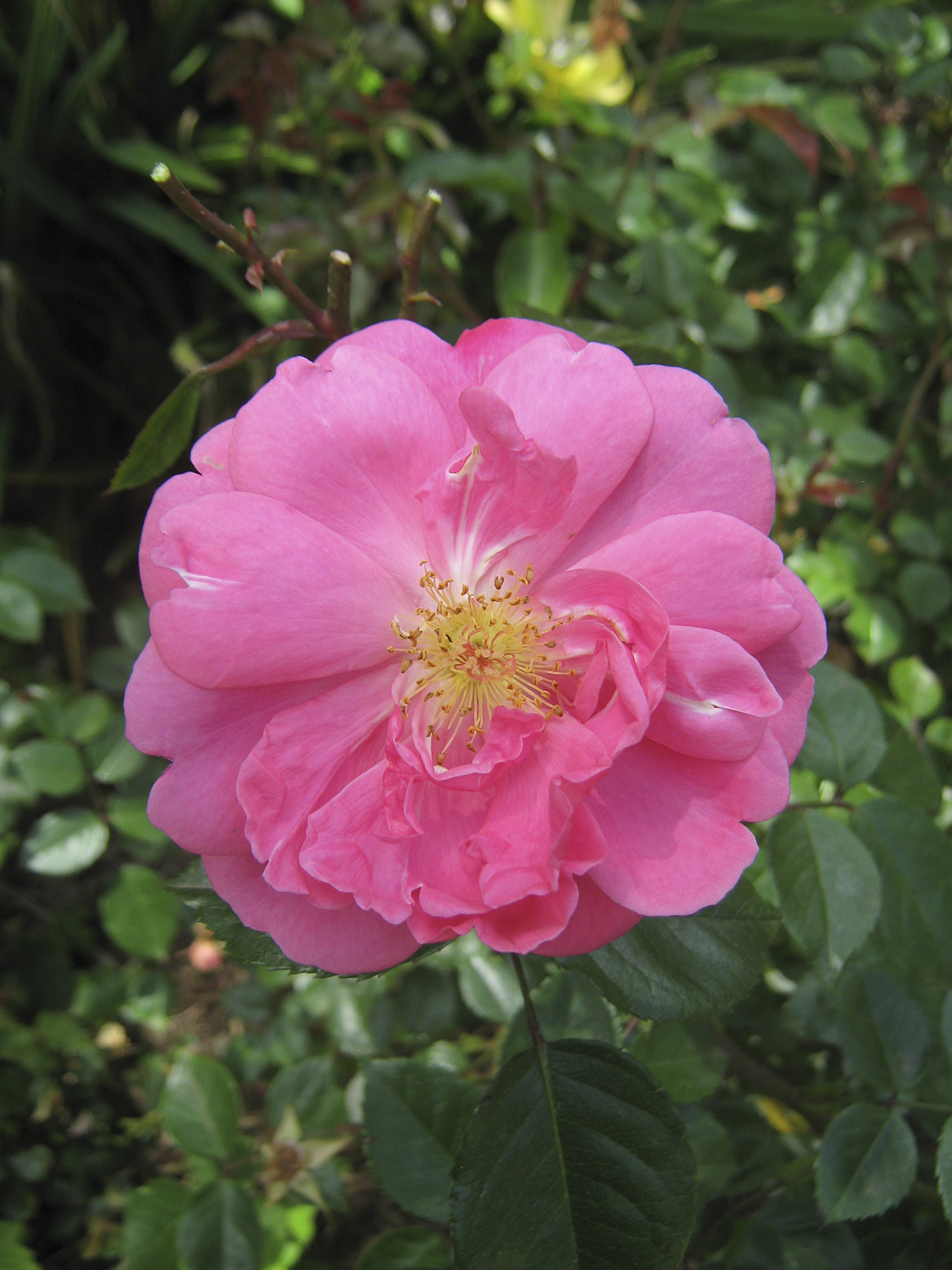
‘Marjorie Palmer’, Alister Clark, 1936
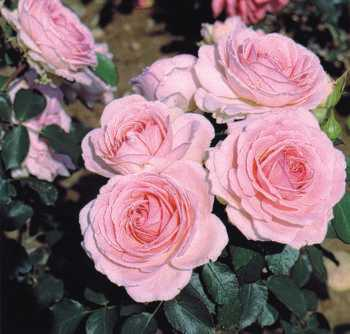
‘Mark Twain’, Huber, 2000
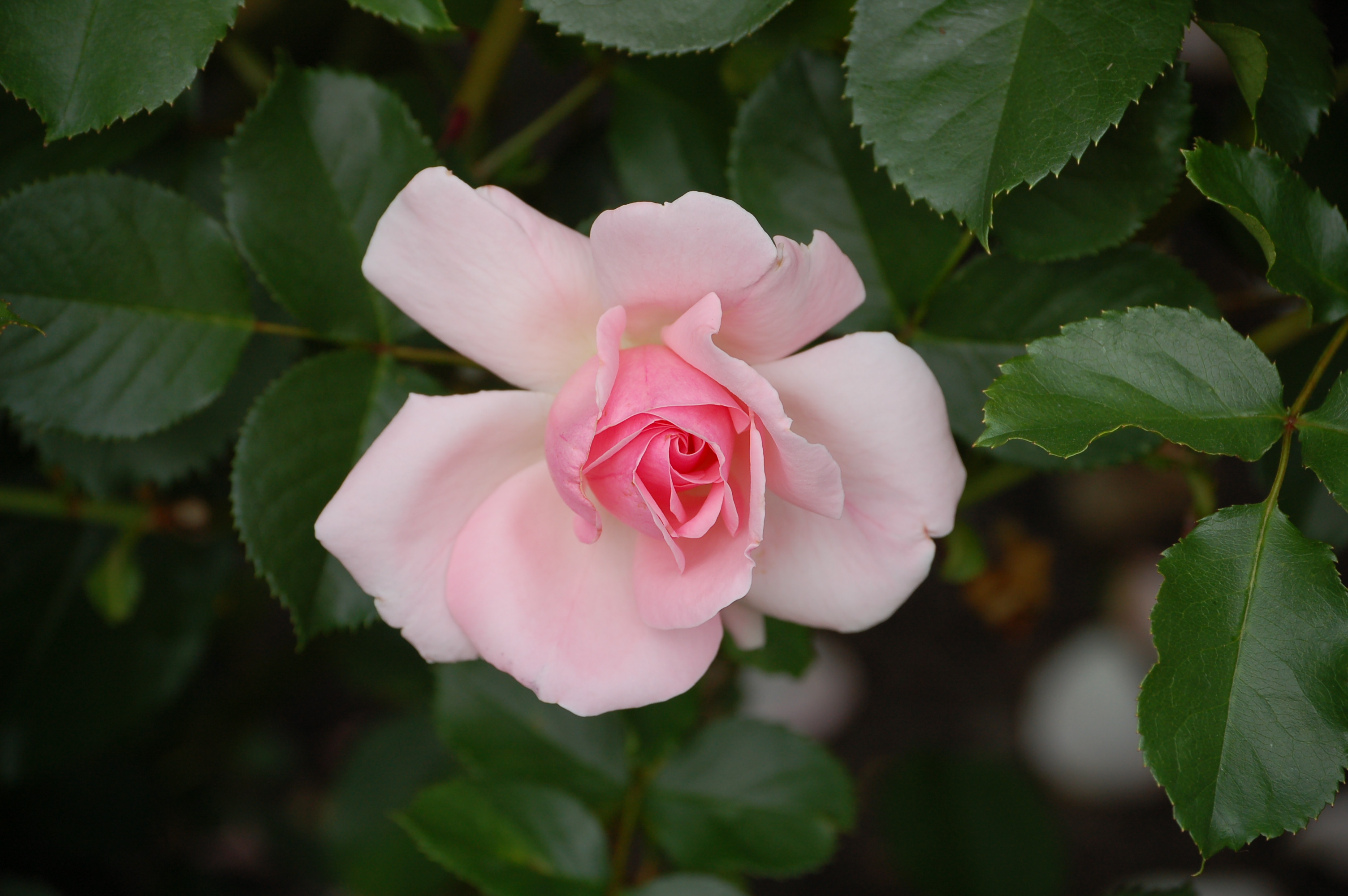
‘Markgräfin Wilhelmine’, Tantau, 1995
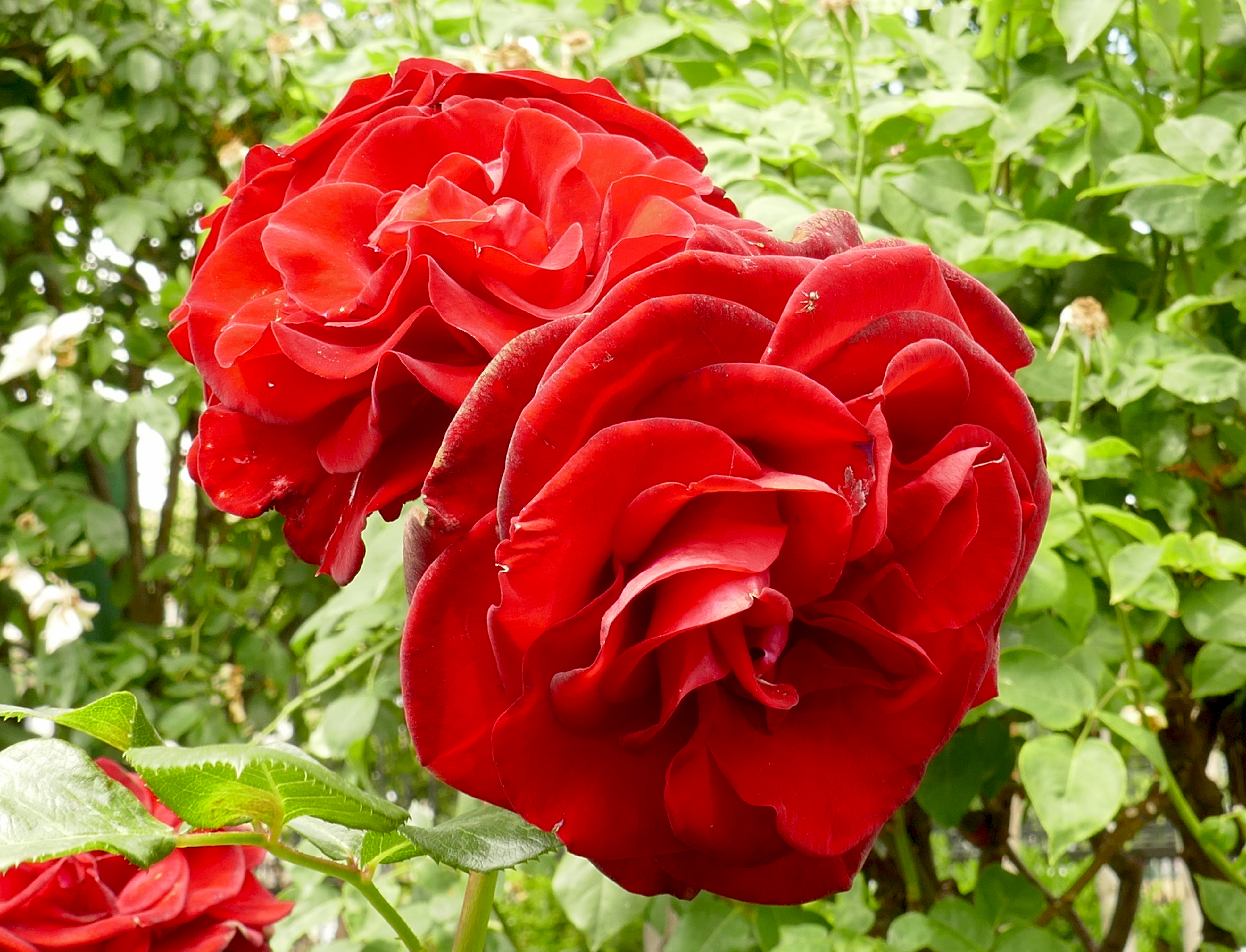
‘Marlene’, Tantau, 2008
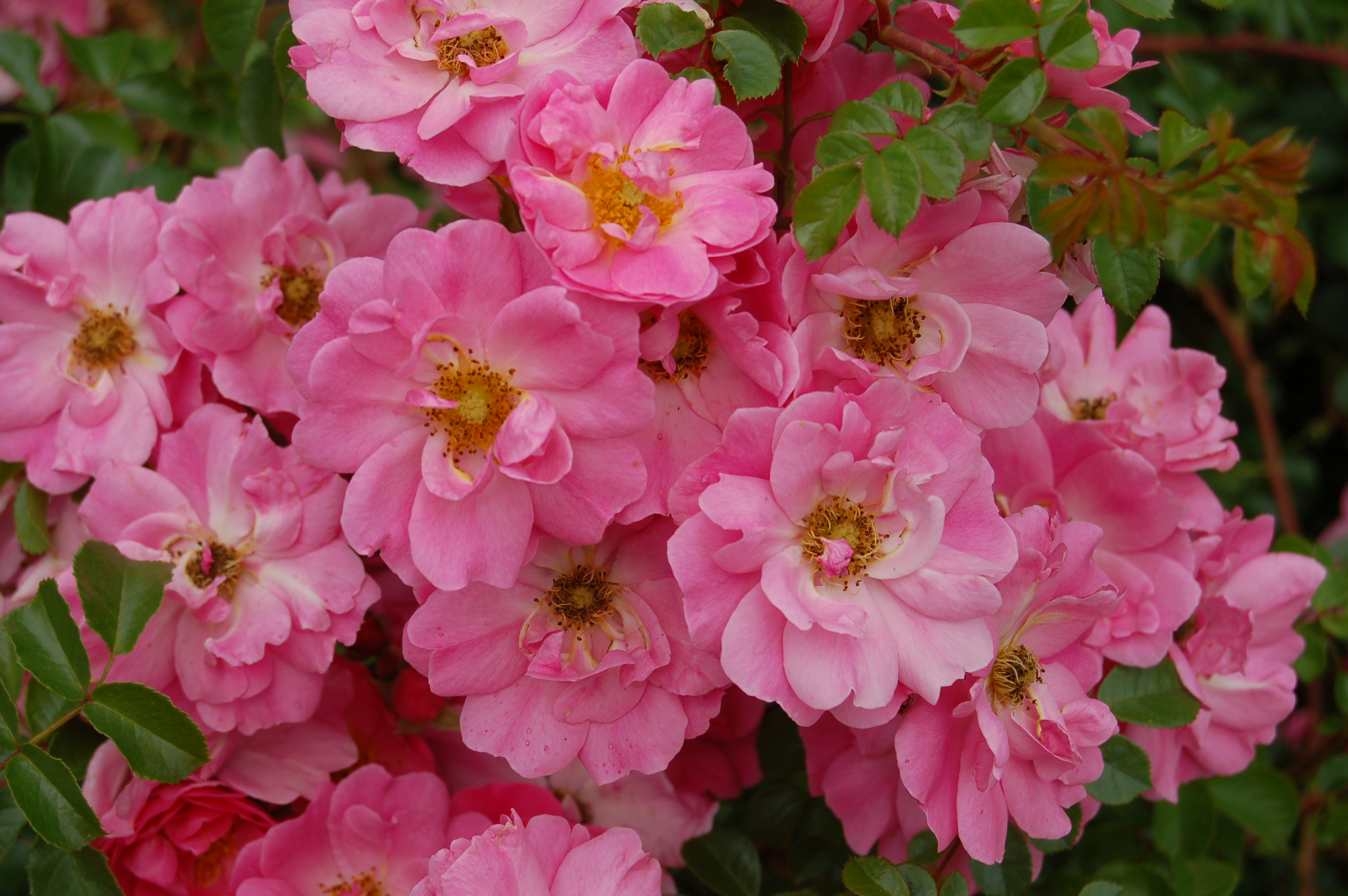
‘Marondo’, Kordes, 1991
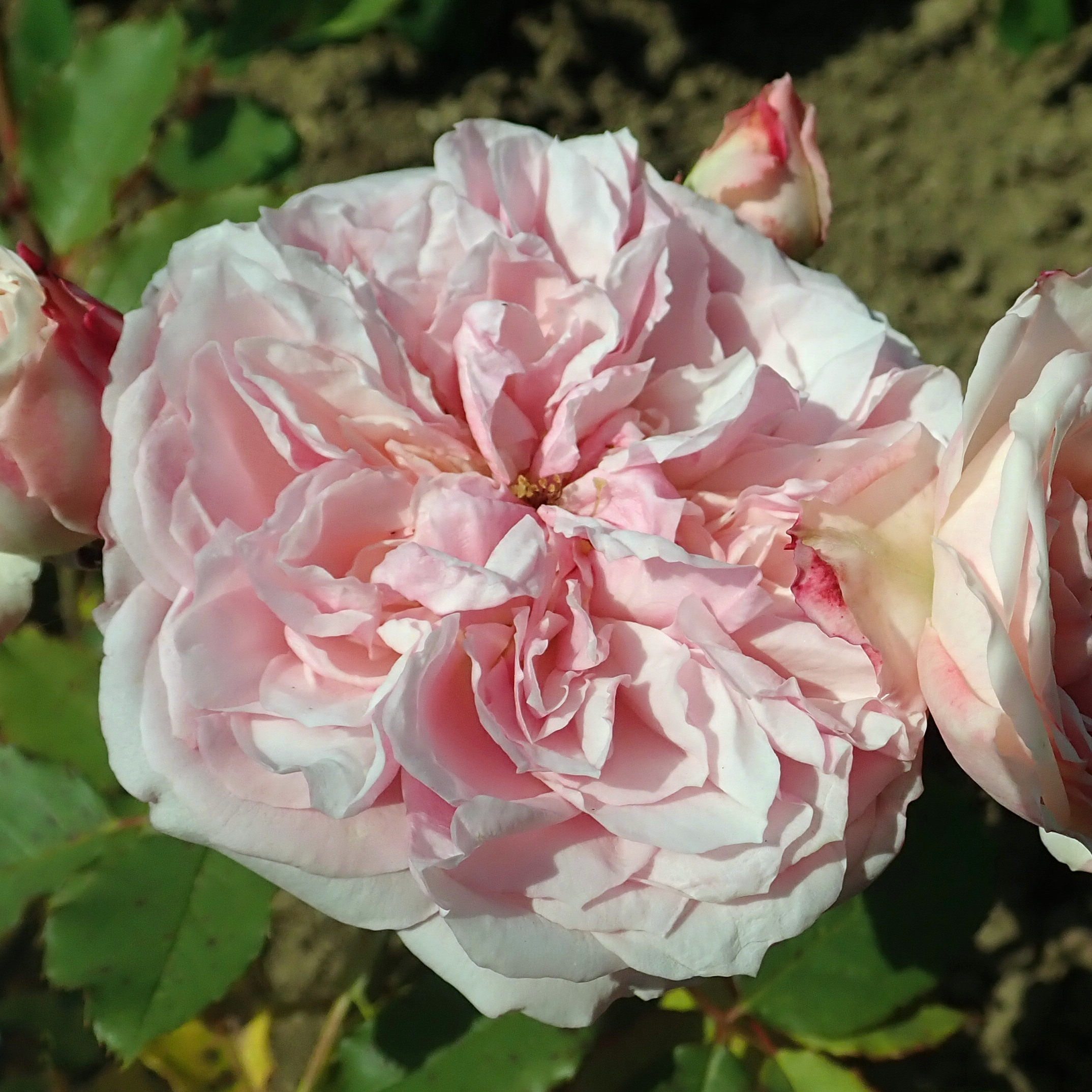
‘Marquise Spinola’, Dominique Massad, 1996
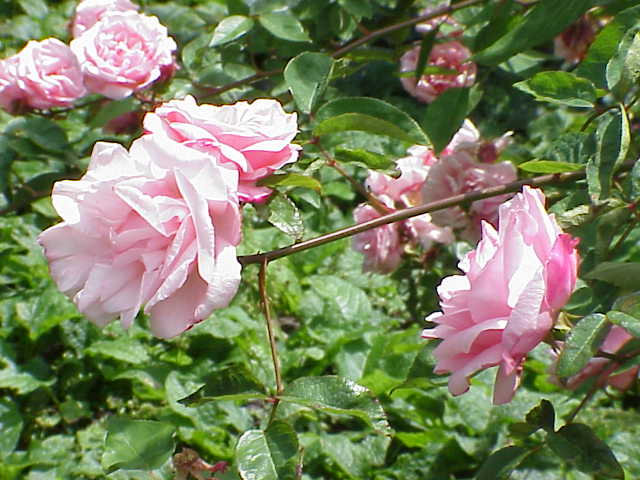
‘Marthe’, Zeiner, 1911
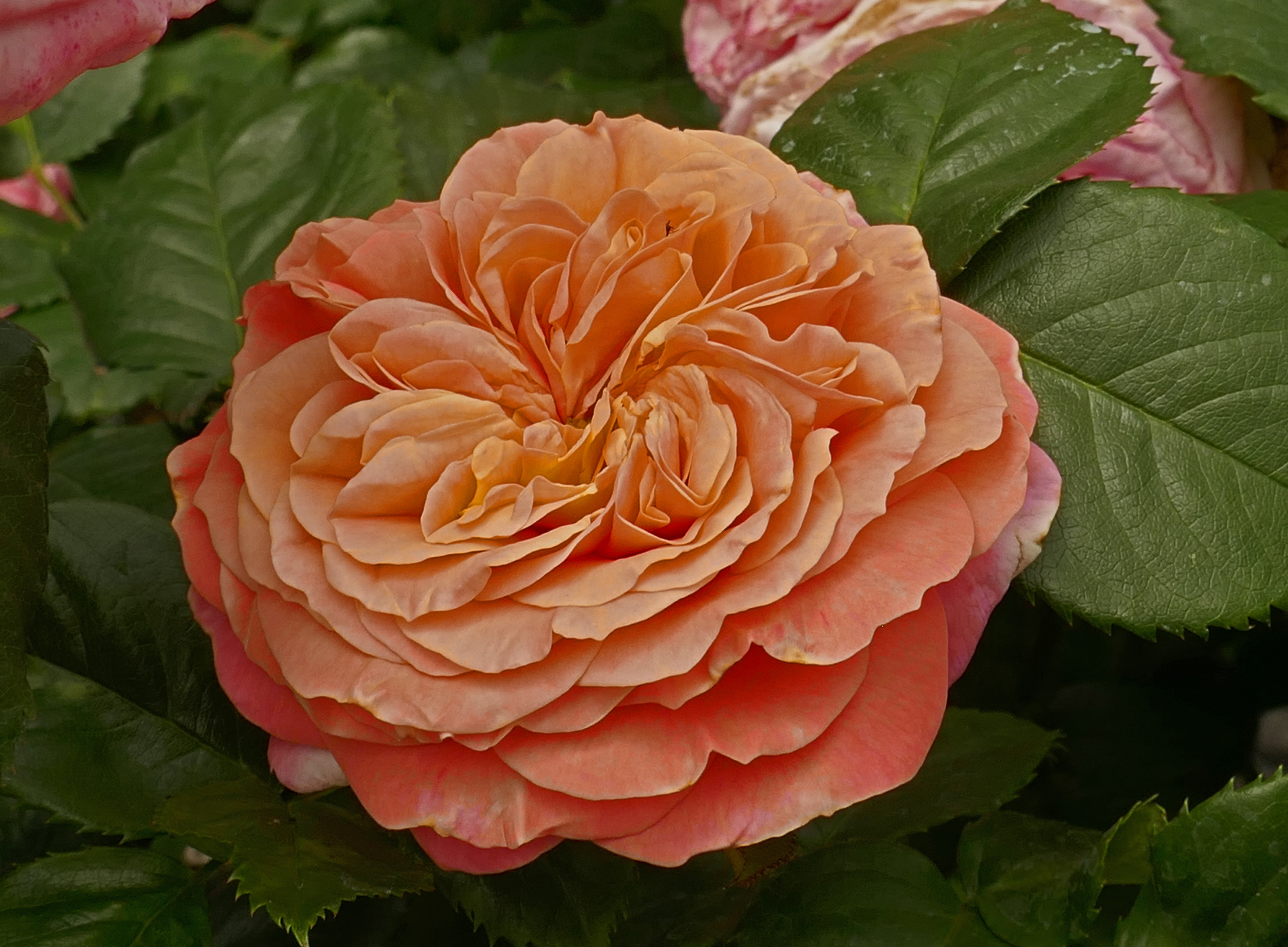
‘Mary Ann’, Tantau, 2010
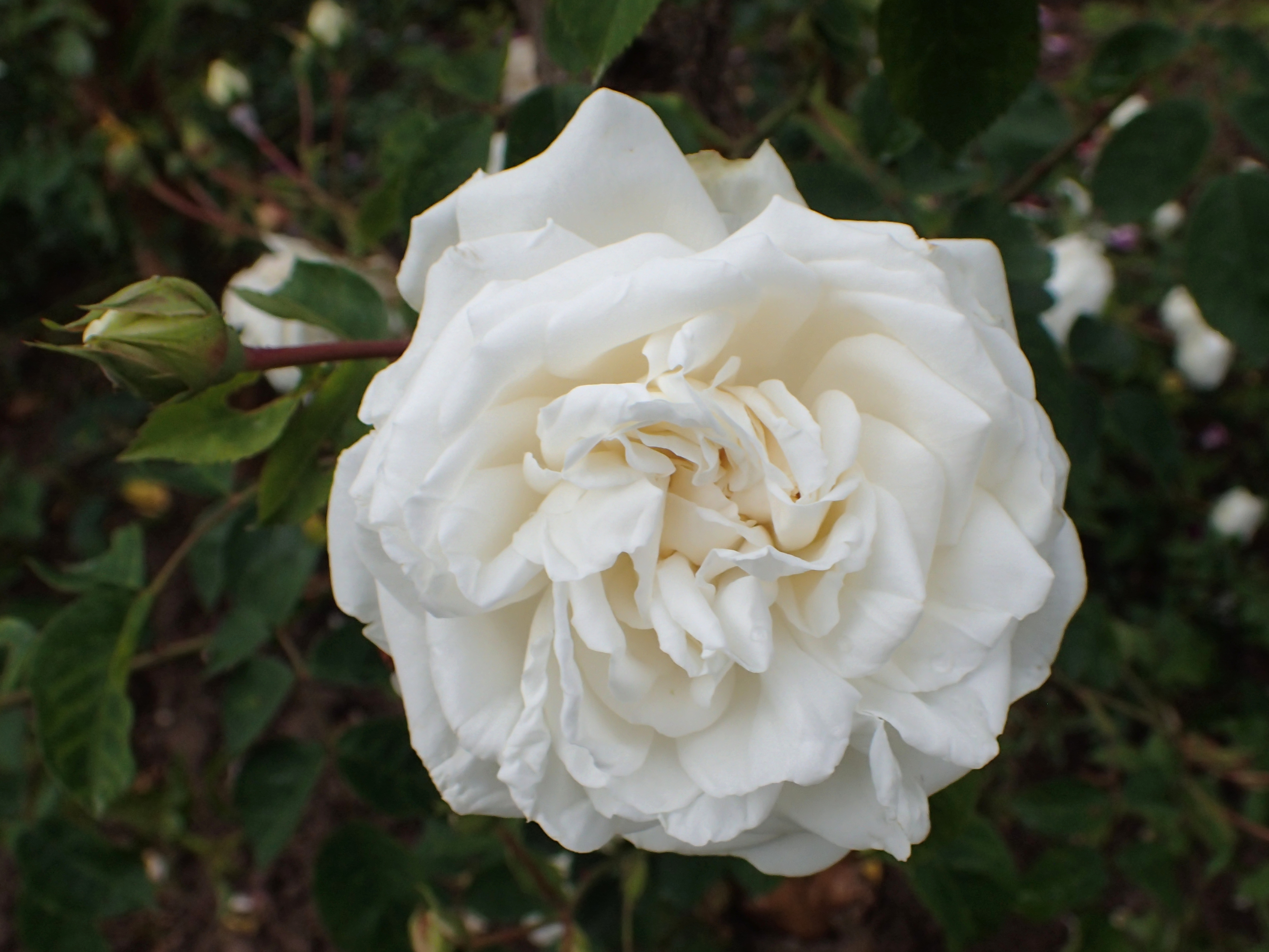
‘Mary Lovett’, Walter Van Fleet, 1915
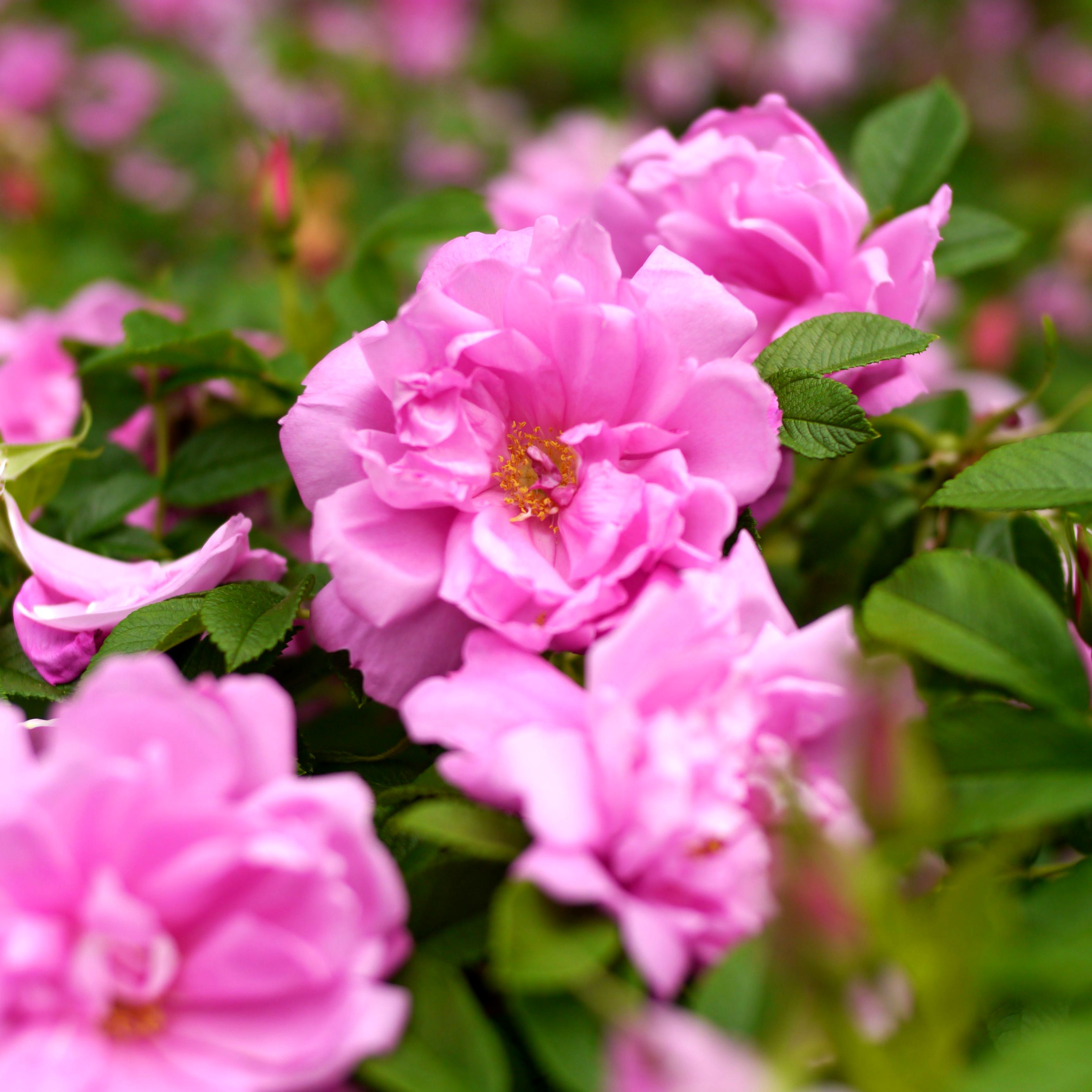
‘Mary Queen of Scots’, ?
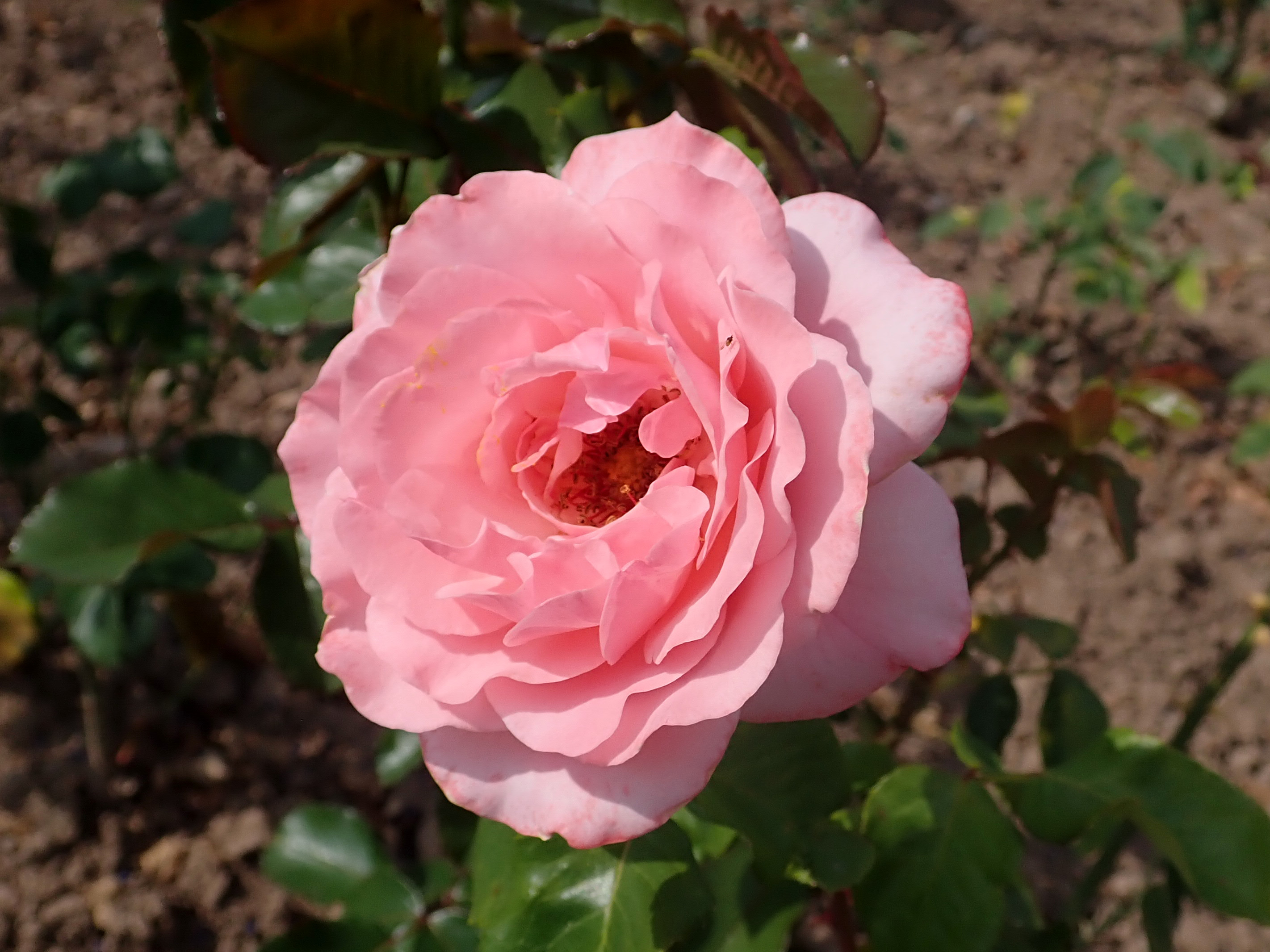
‘Marylène’, Jean-Marie Gaujard, 1965
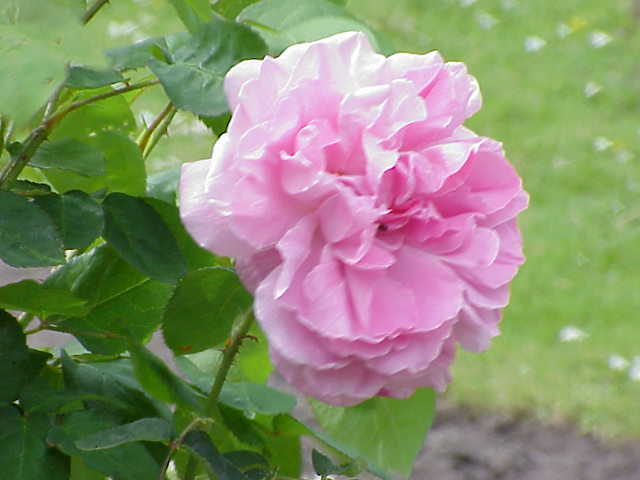
‘Mary Rose’, Austin, 1982
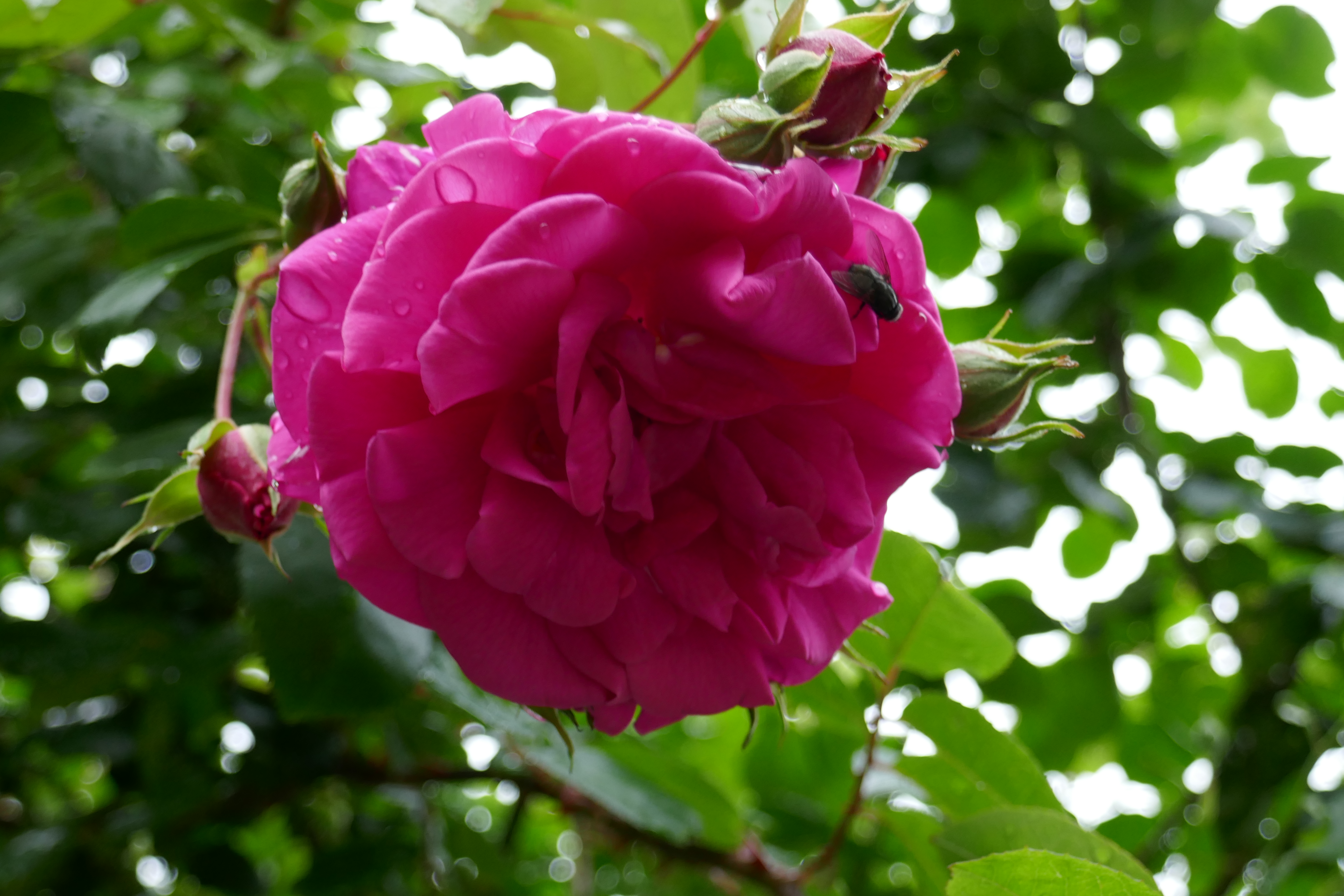
‘Mary Wallace’, Van Fleet, 1924
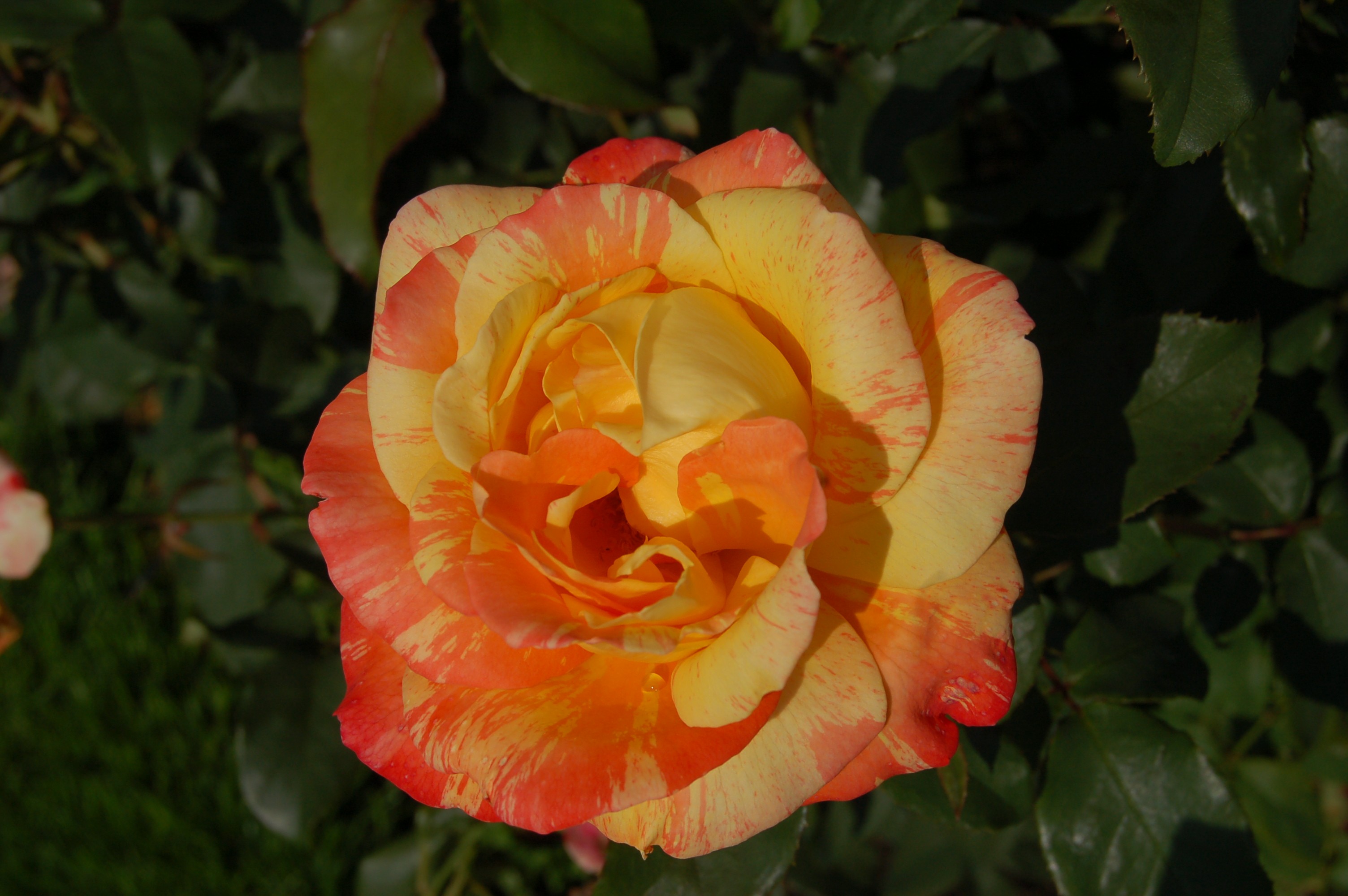
‘Marvelle’, McGredy, 1998
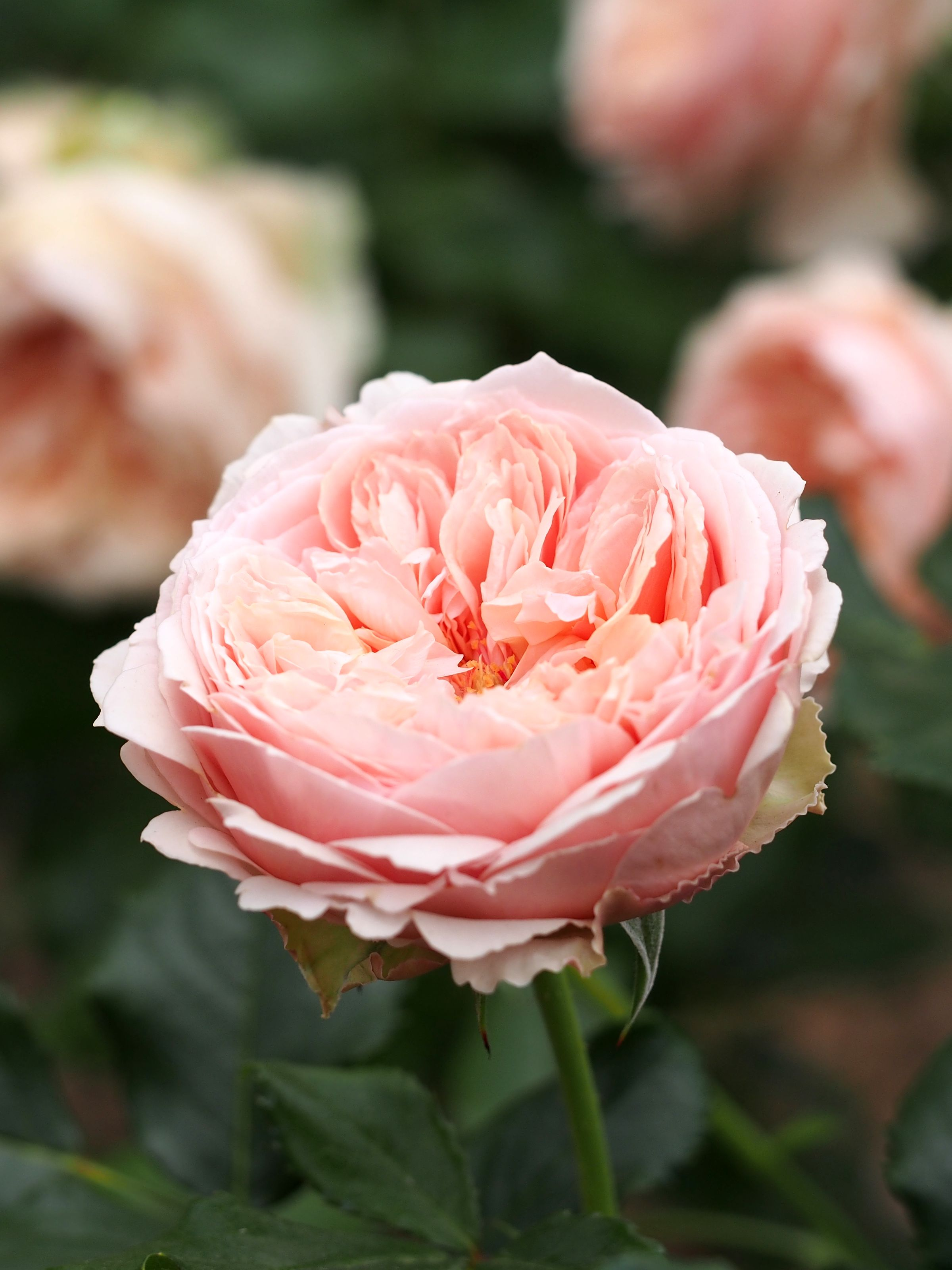
‘Masora’, Teizō Yoshiike, vor 2009
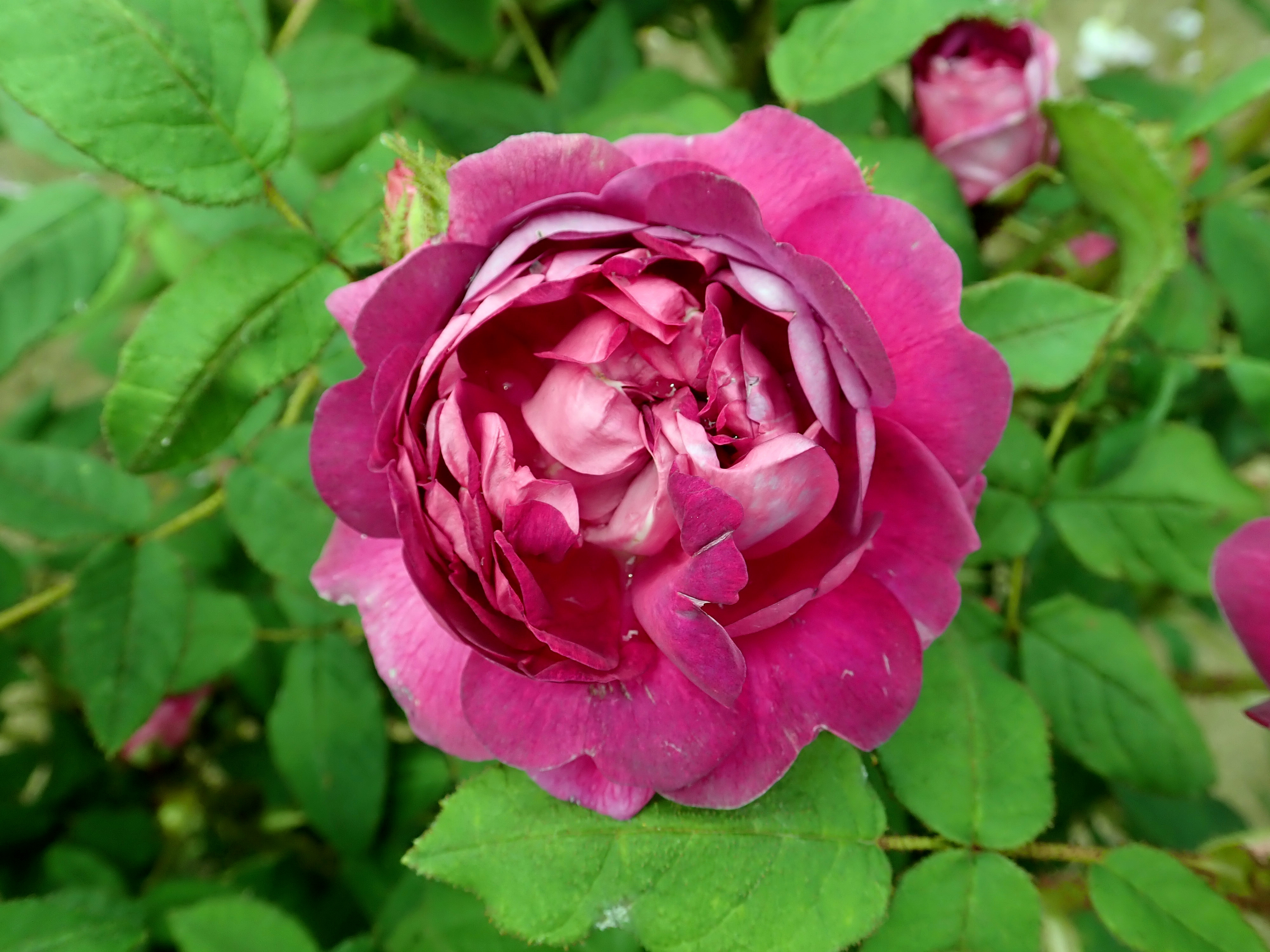
‘Maupertuis’, Moreau-Robert, 1868
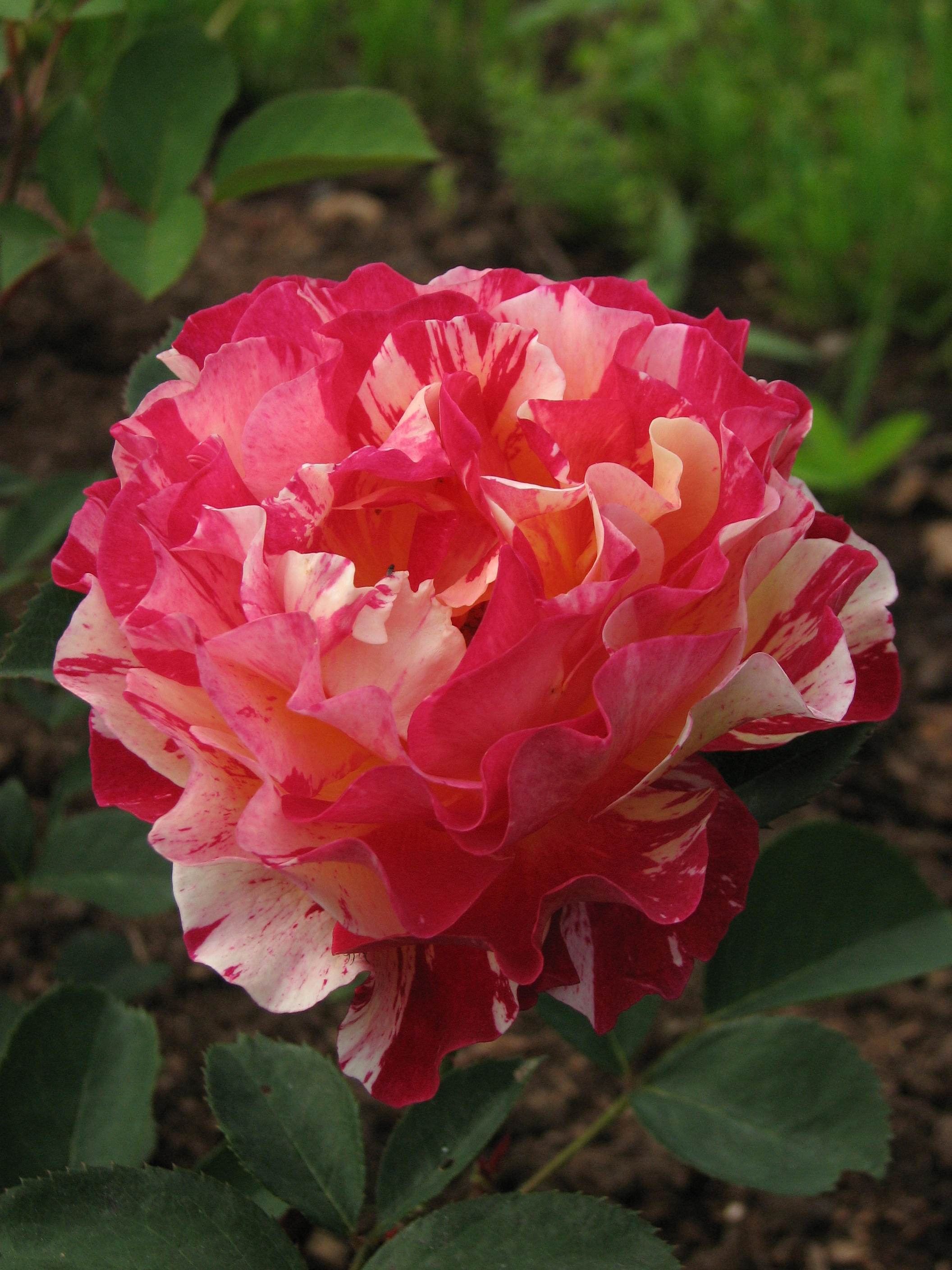
‘Maurice Utrillo’, Delbard 2003
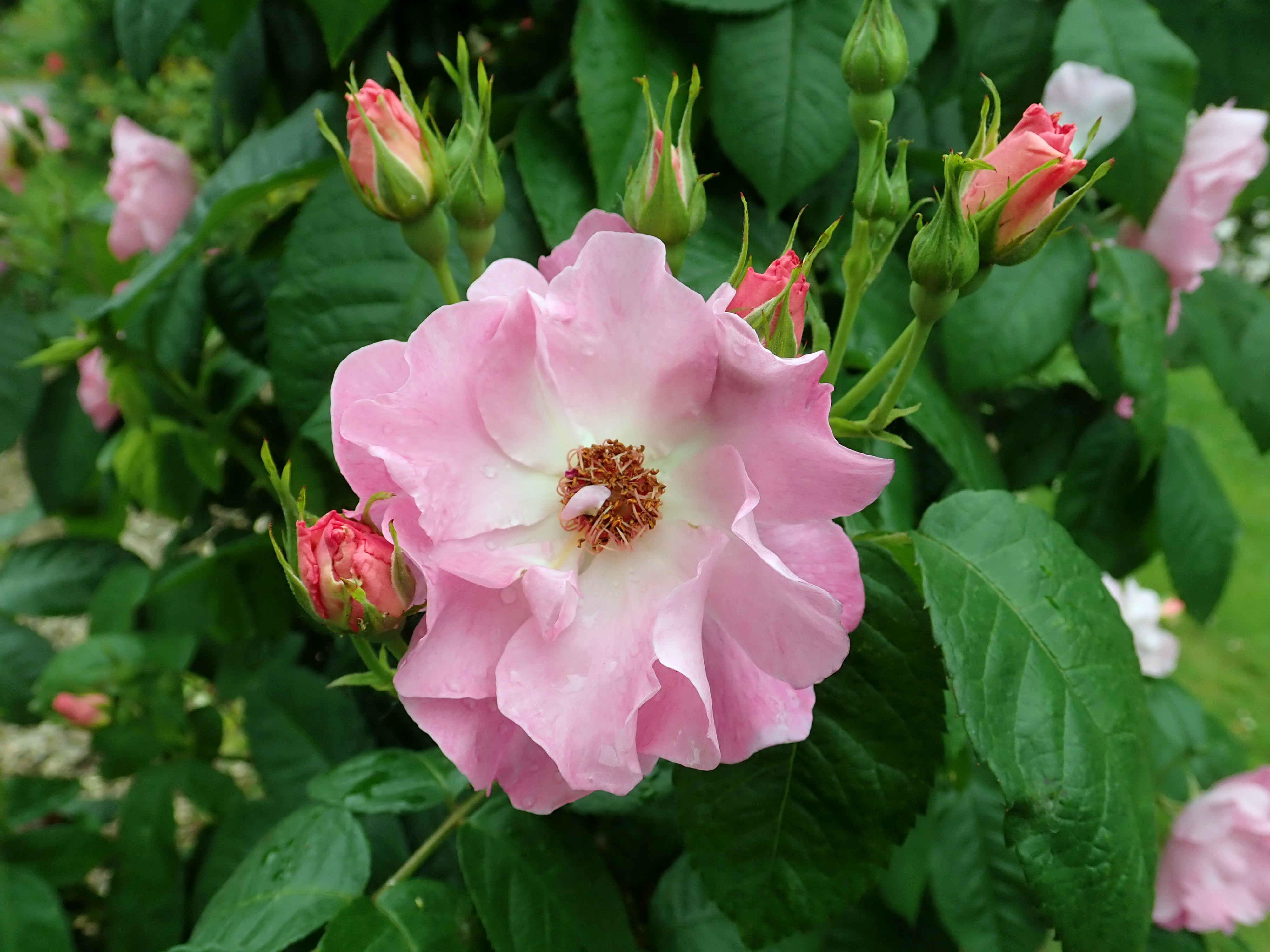
‘Max Haufe’, Kordes, 1939
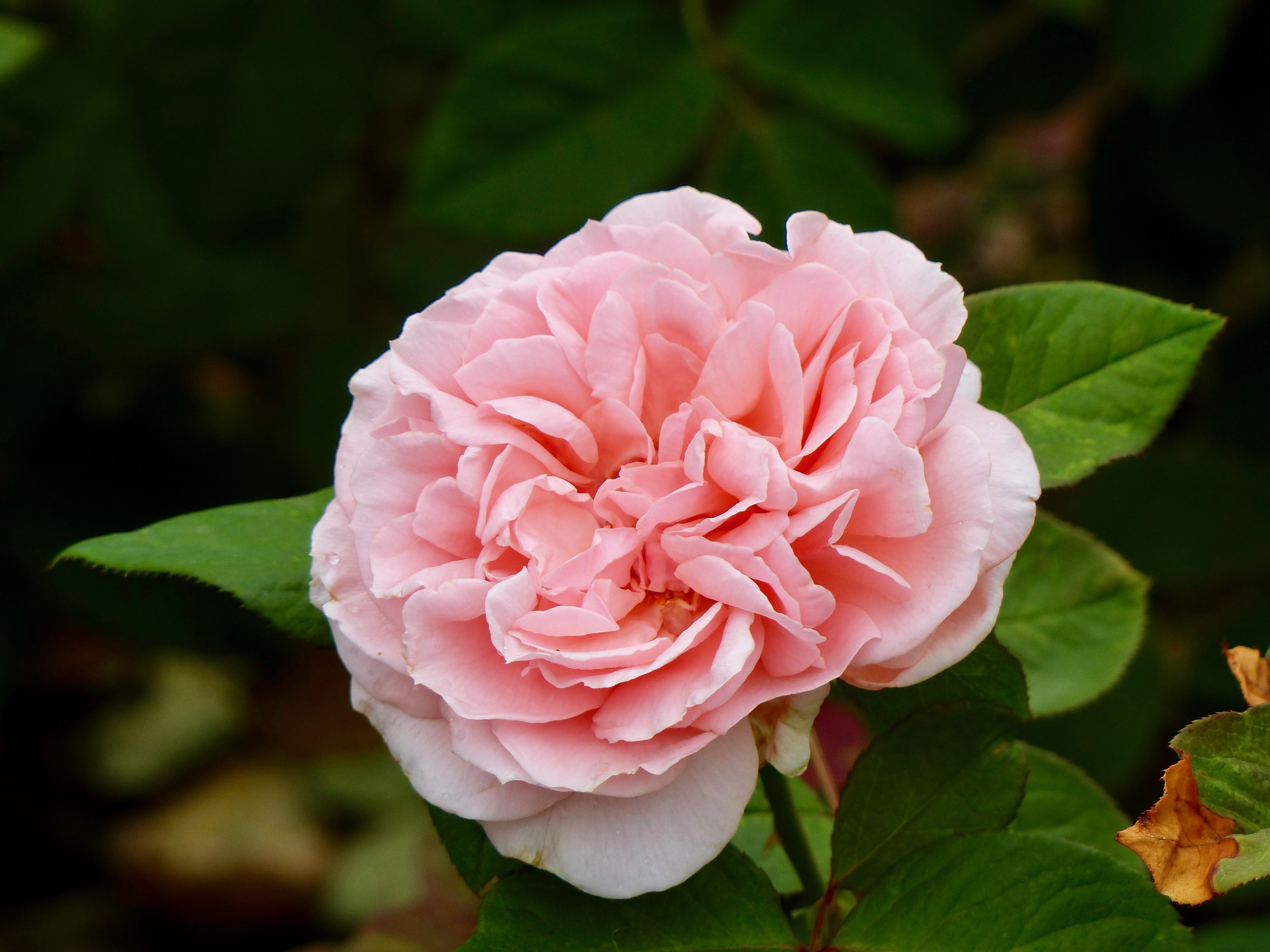
‘Maxima Romantica’, Meilland, 2011
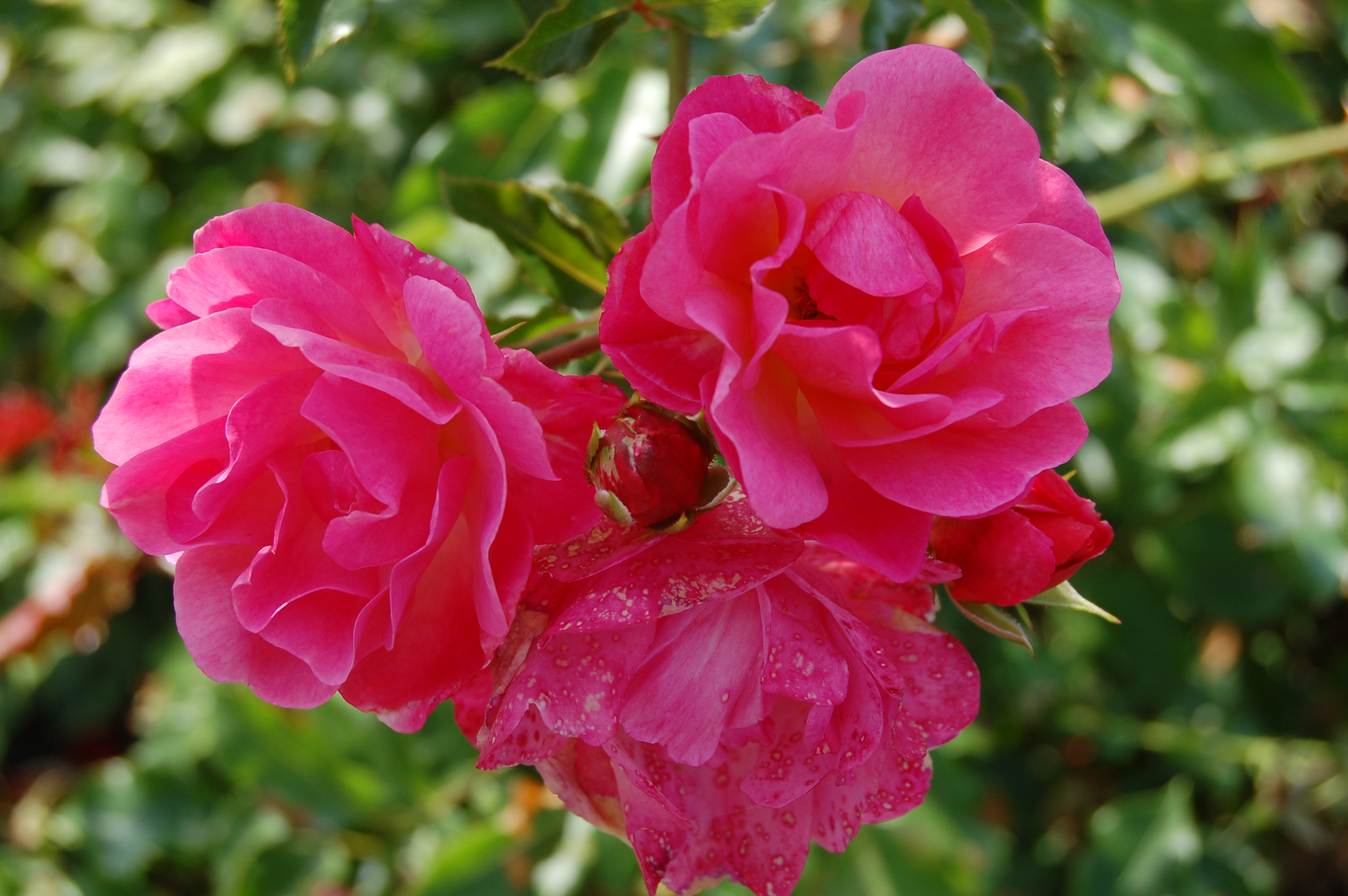
‘Maxi Vita’, Kordes, 2001
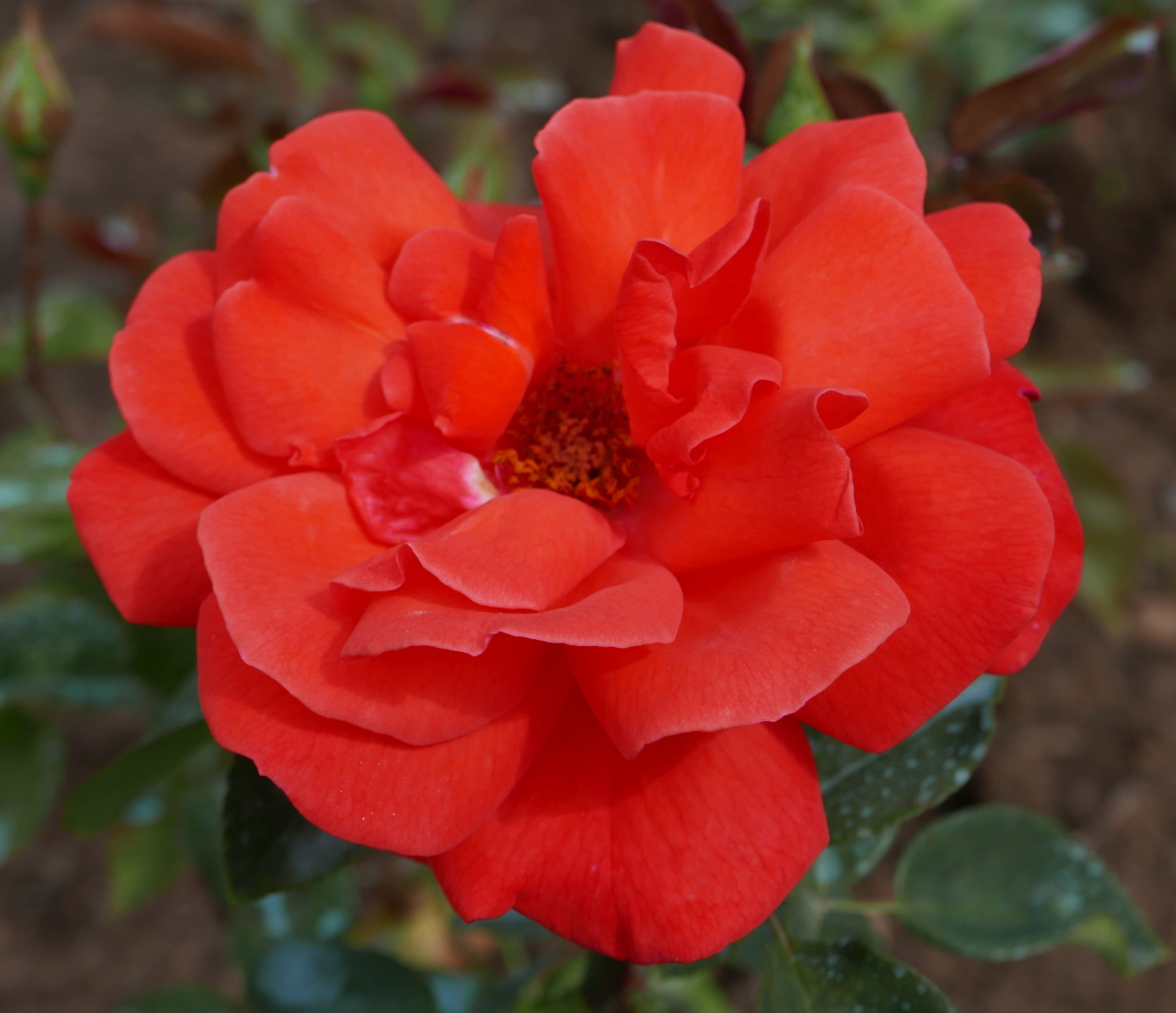
‘Max Schmeling’, Tantau, 1973
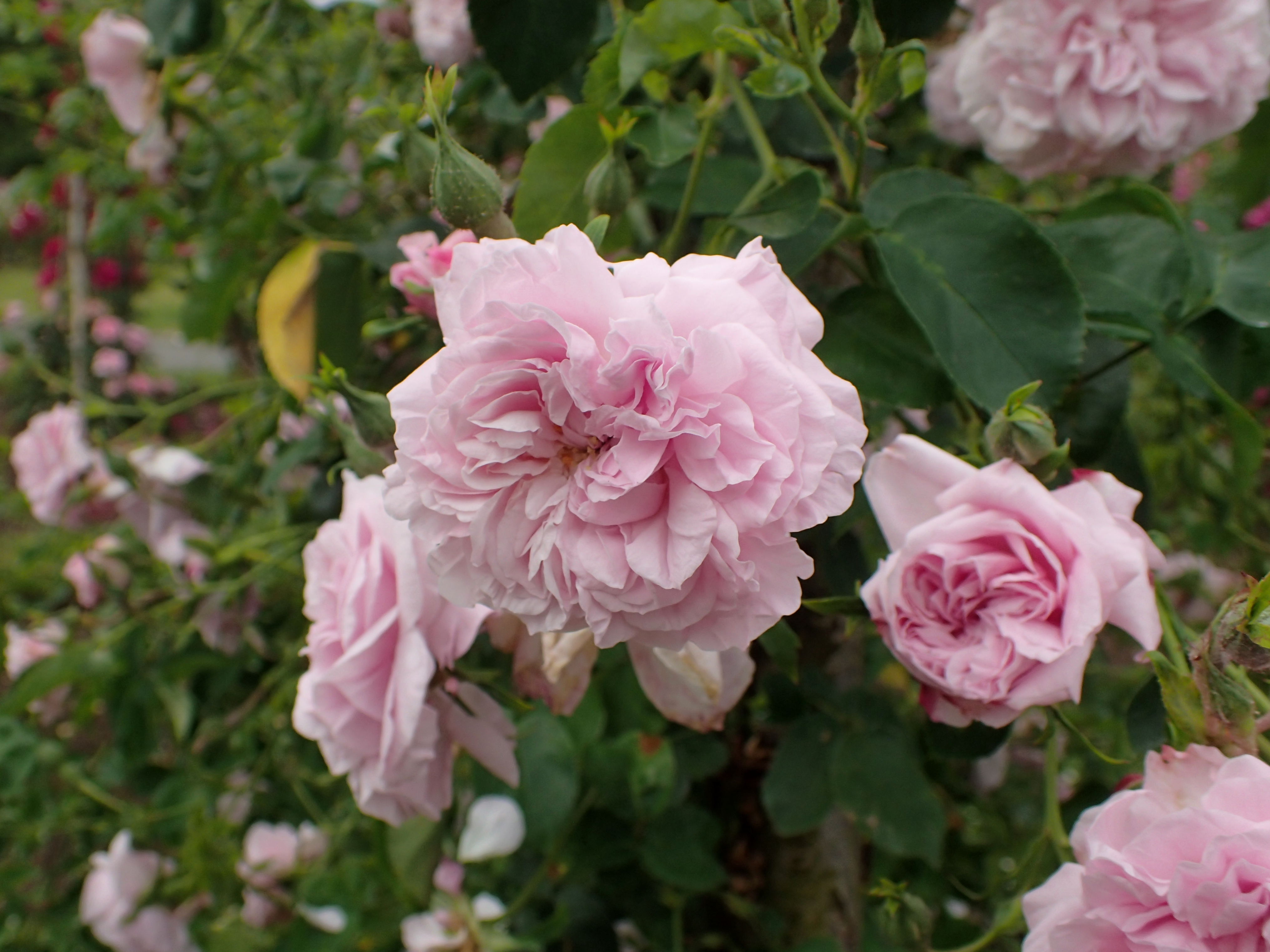
‘May Queen’, Walter Van Fleet, 1898
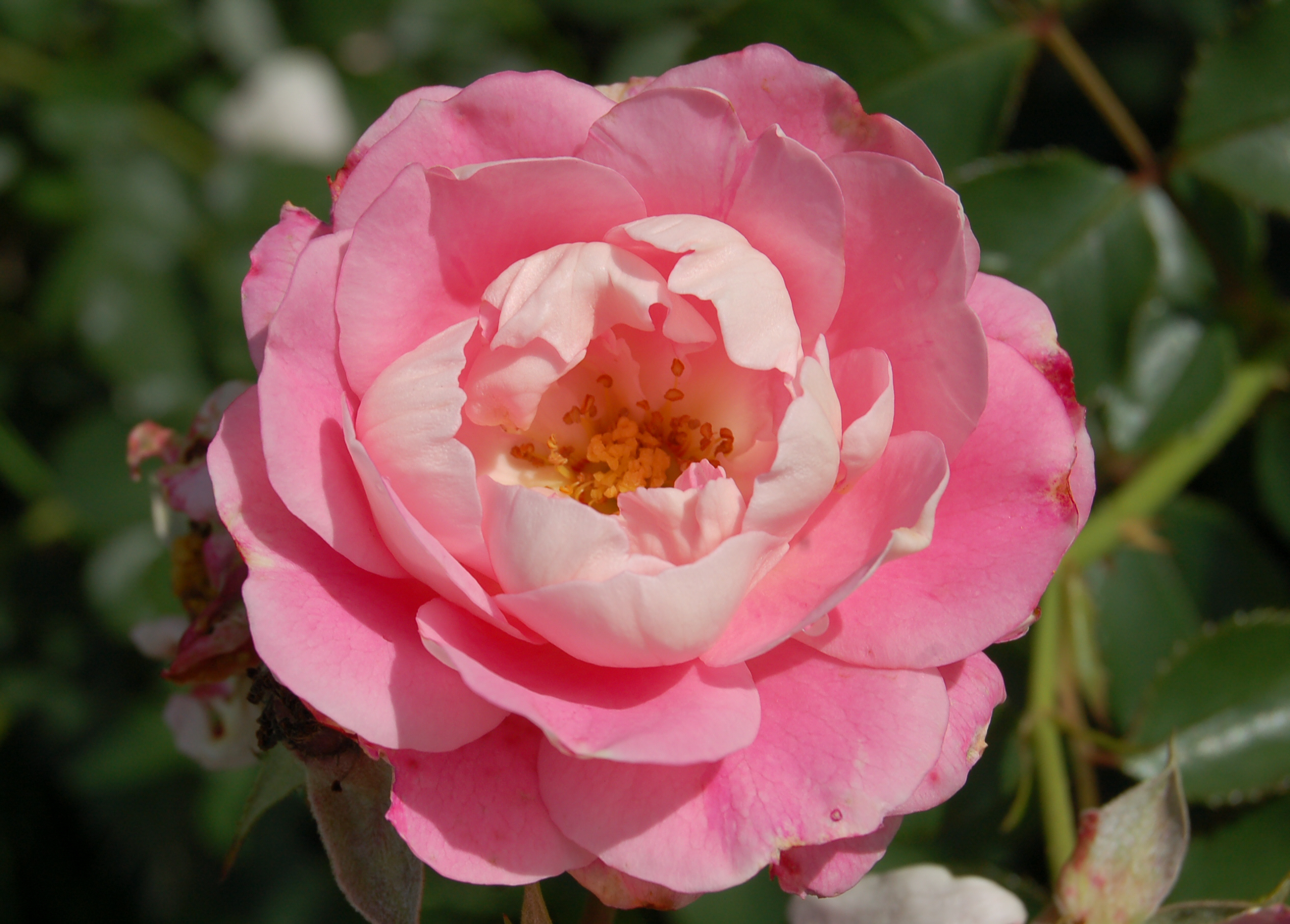
‘Mazurka’, Meilland, 1984
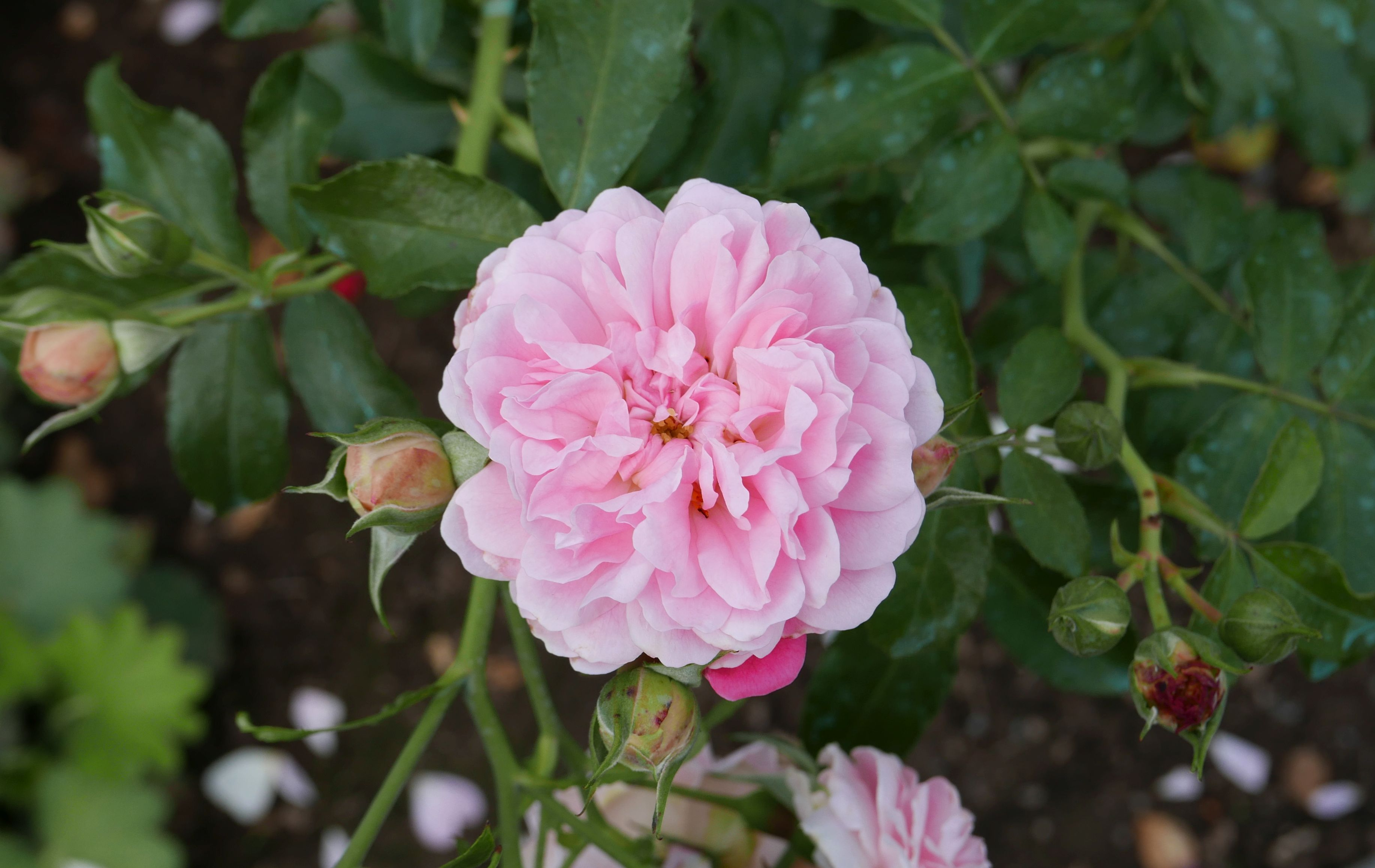
‘Mecklenburg’, Schlossgärtnerei Lützow, 1999
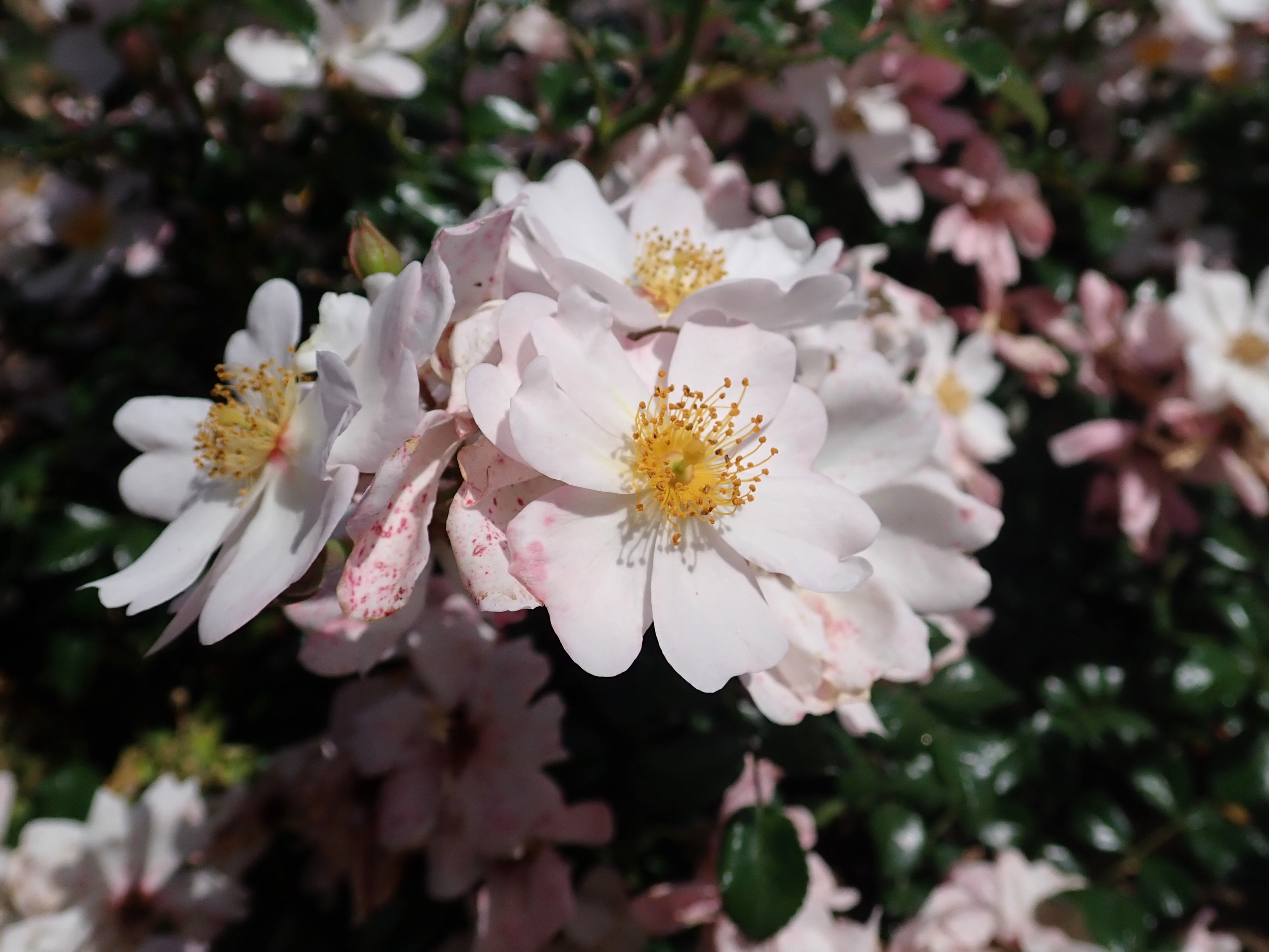
‘Medeo’, Kordes, 2003
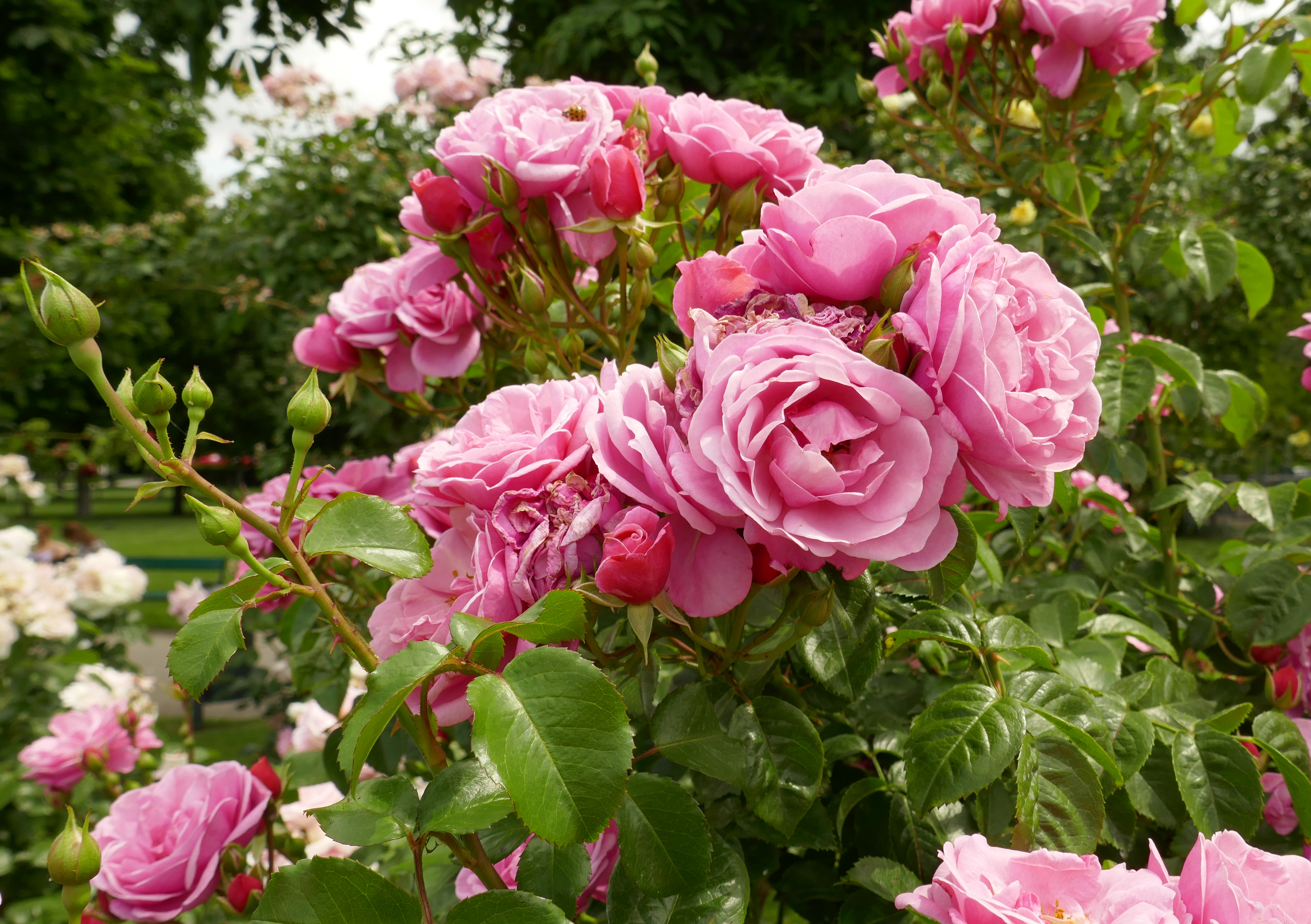
‘Medusa’, Noack, 1996
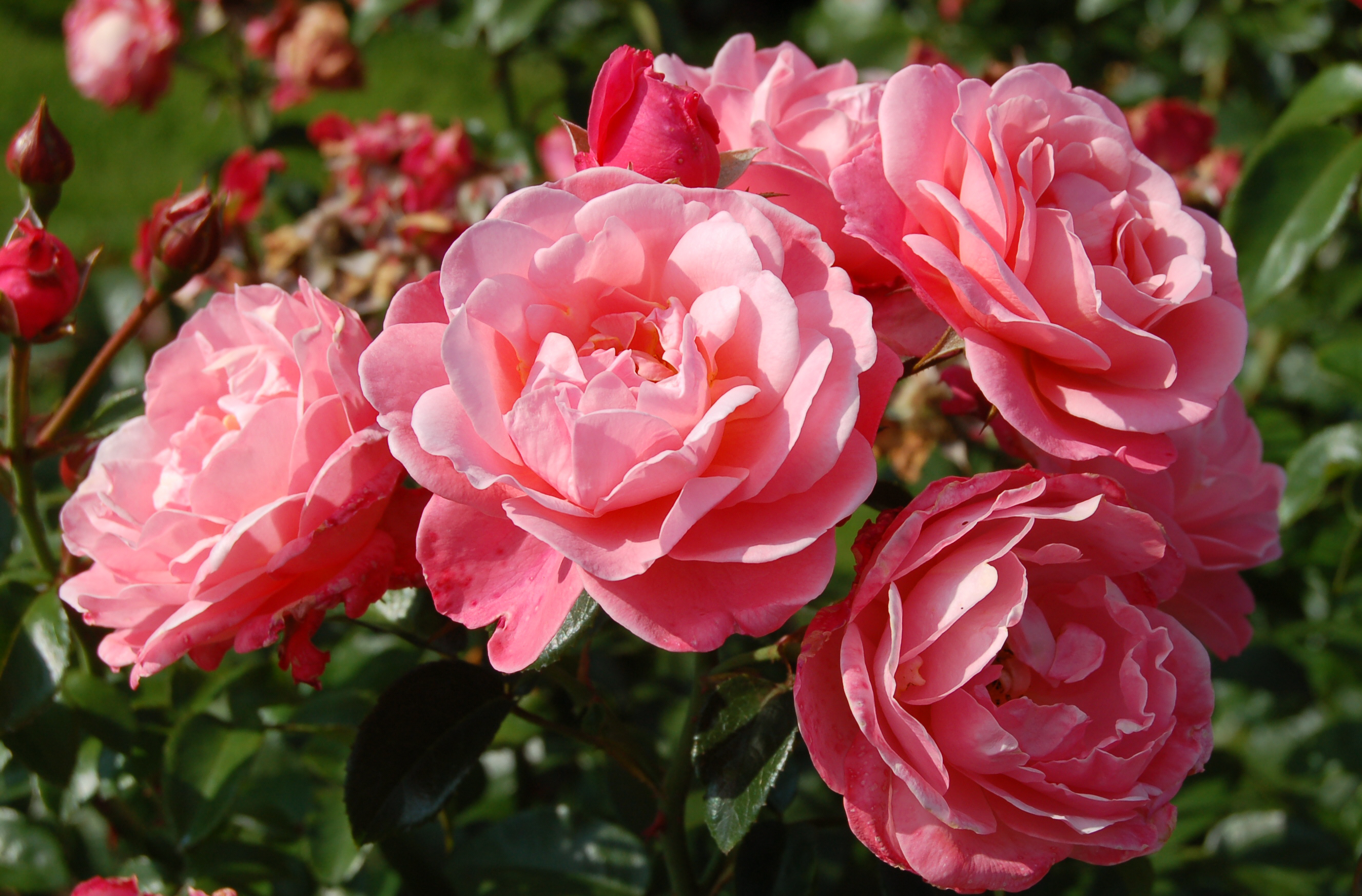
‘Mein schöner Garten’, Kordes, 1997
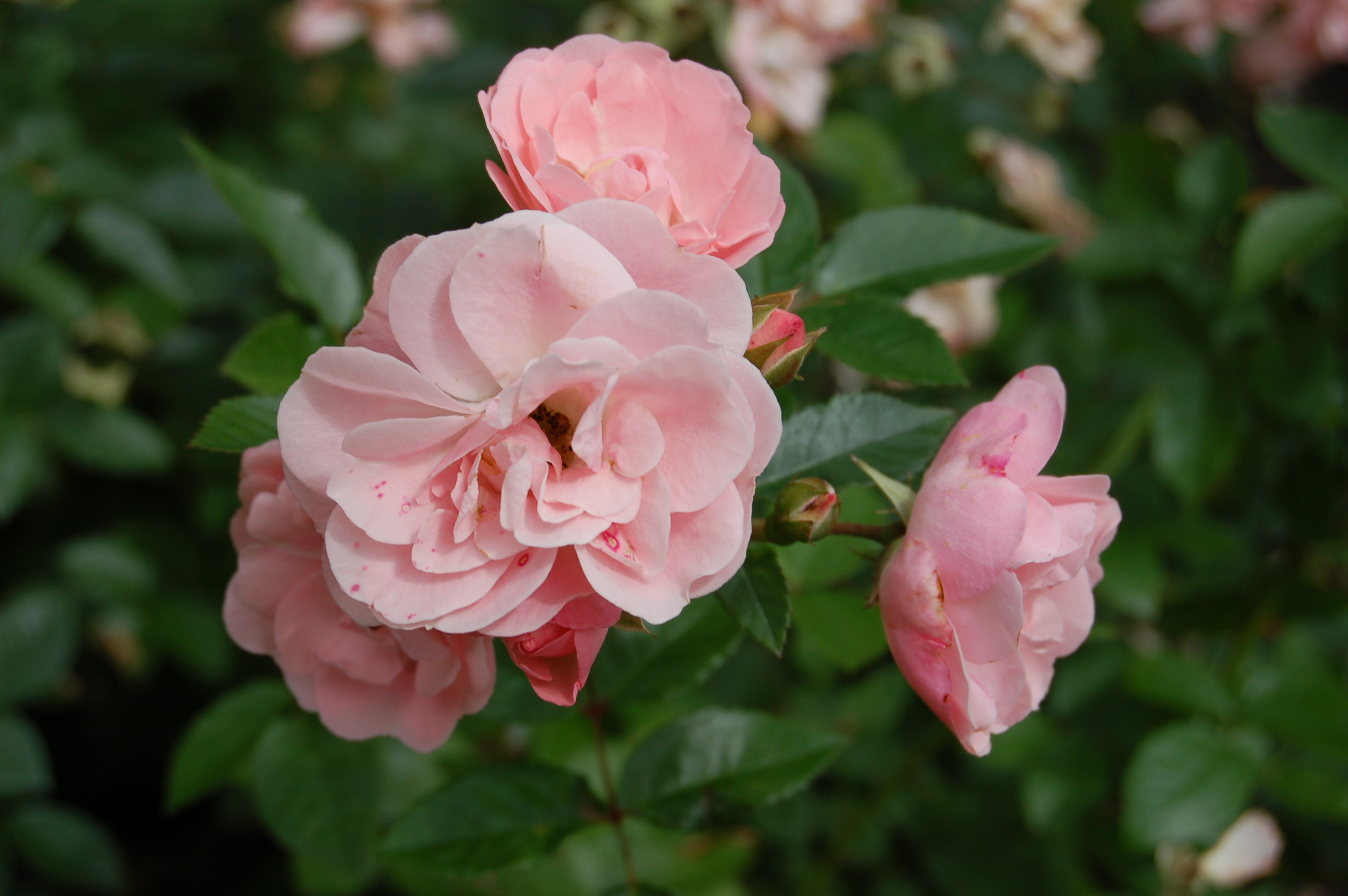
‘Meixetal’, Meilland, 1987
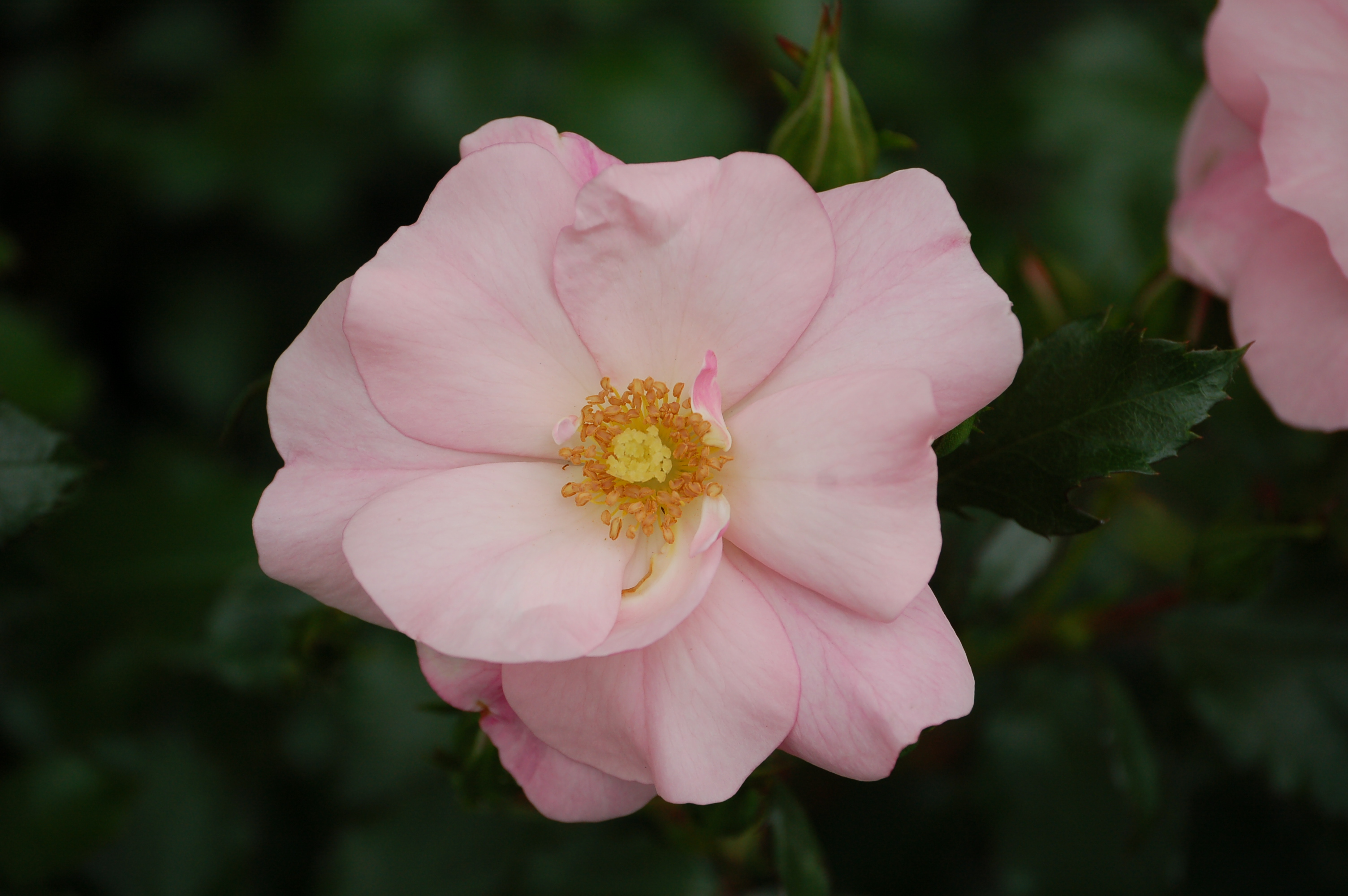
‘Melissa’, Noack, 1996
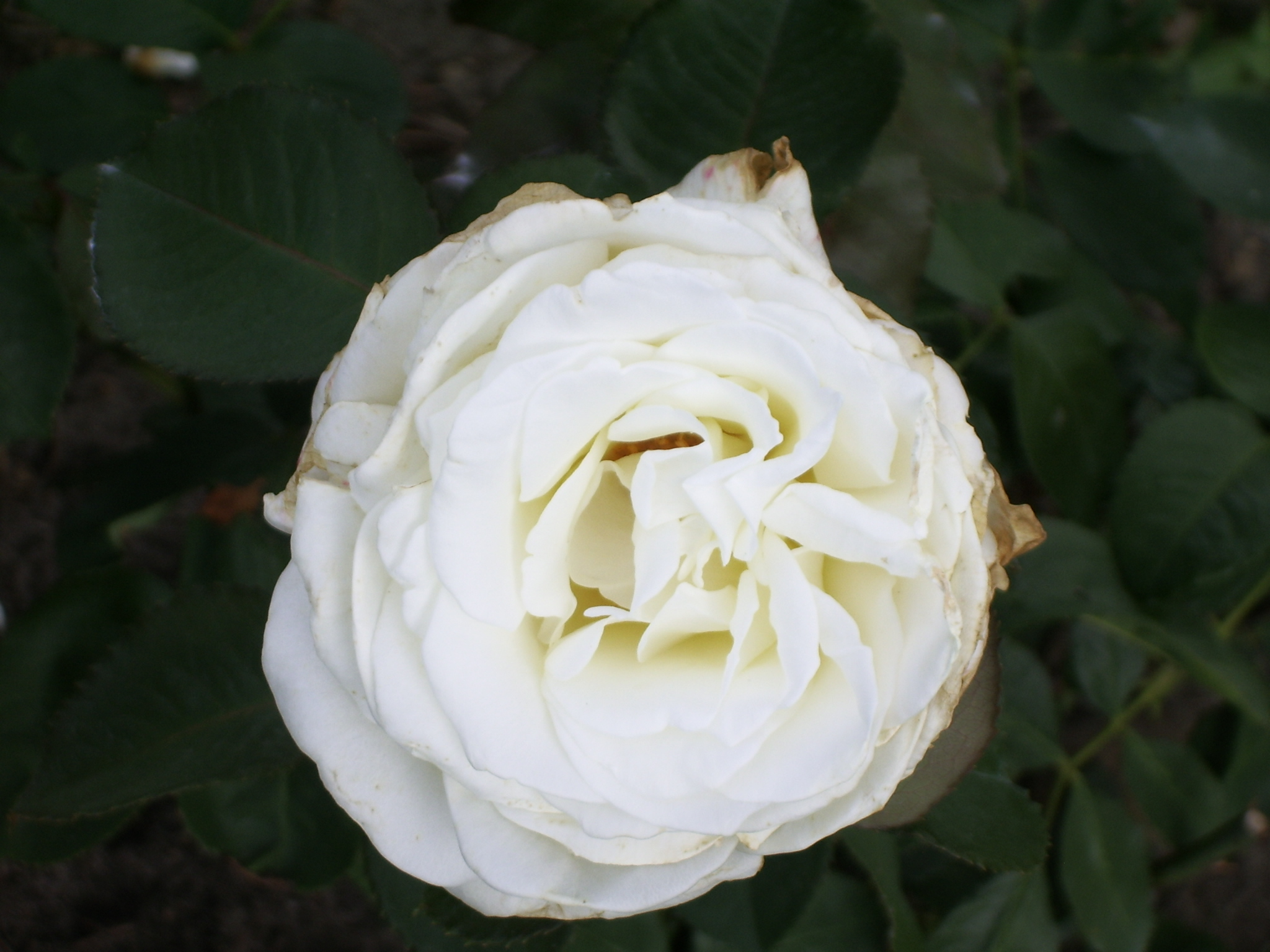
‘Memoire’, Kordes, 1992
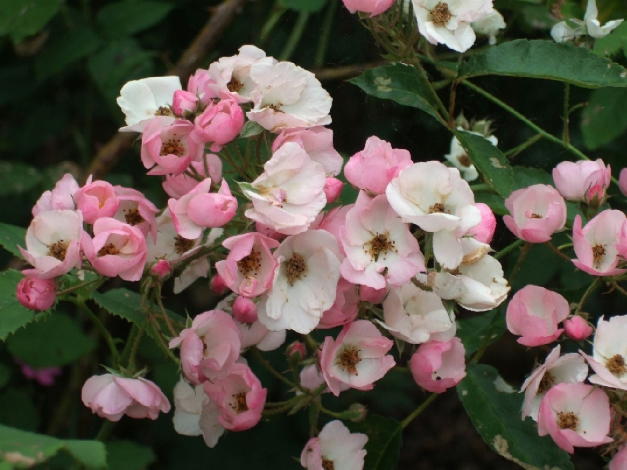
‘Menja’, Petersen, 1960
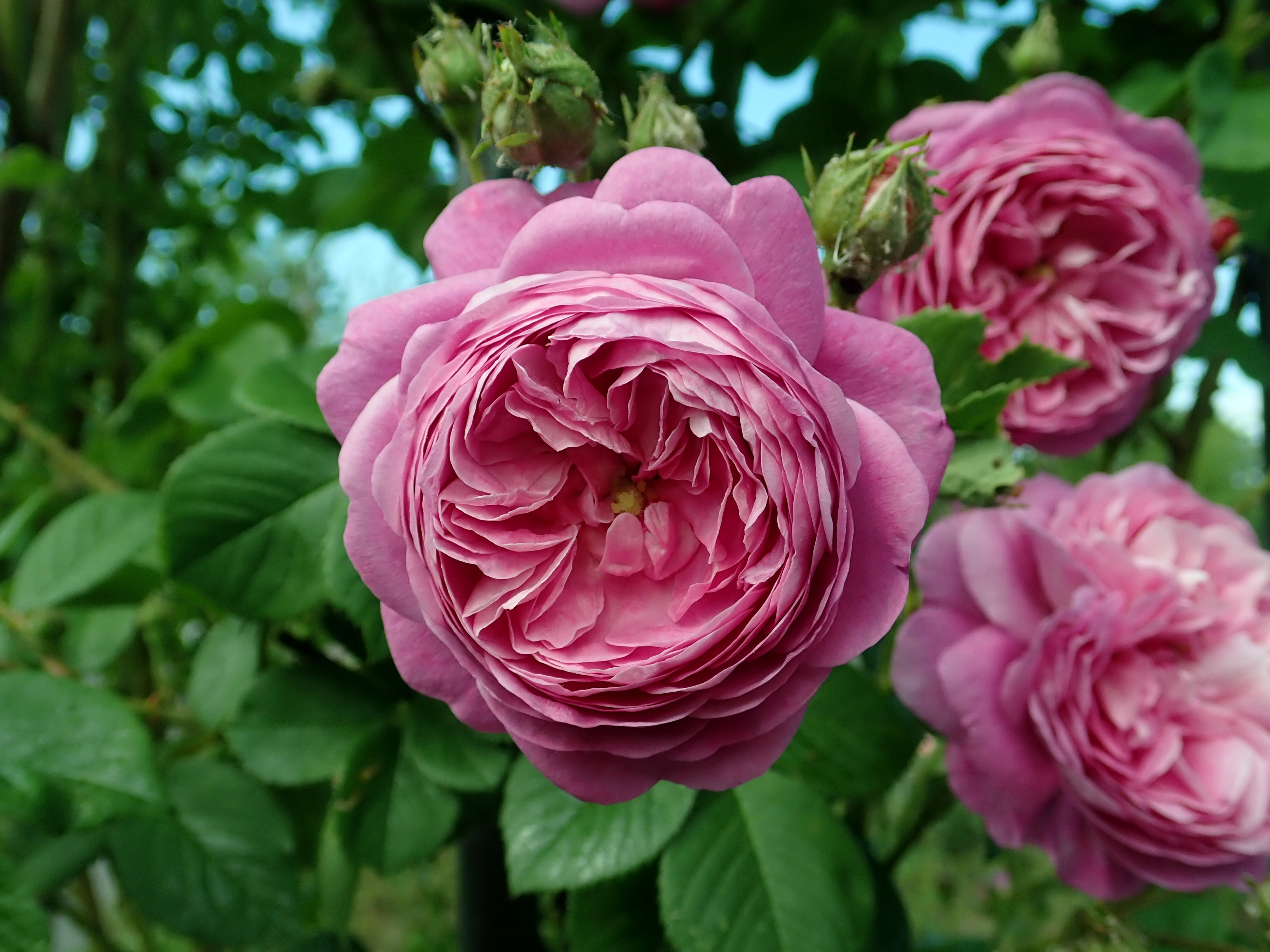
‘Mercedes’, Geschwind, 1886
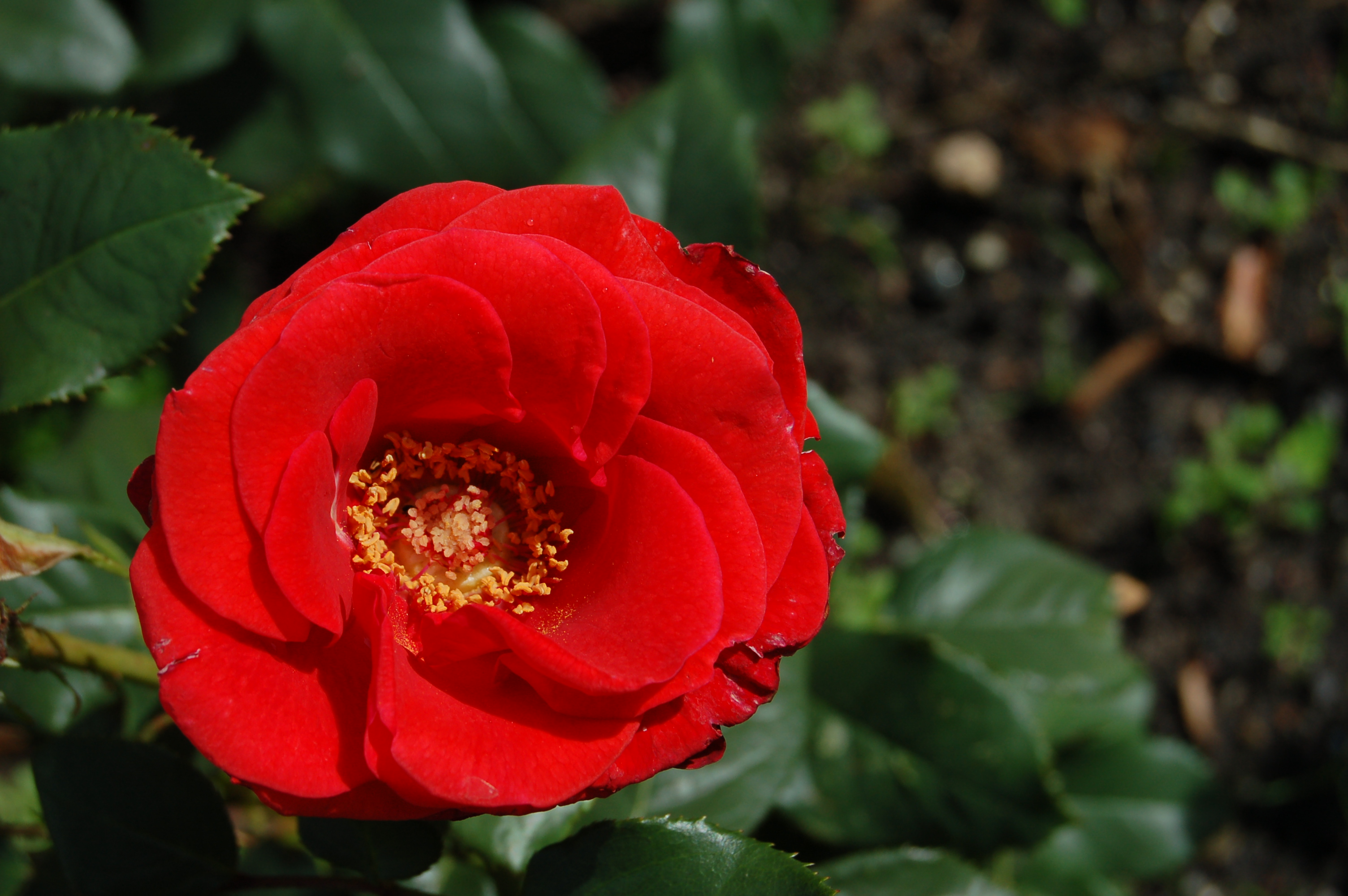
‘Merci Cherie’, Tantau, 2008
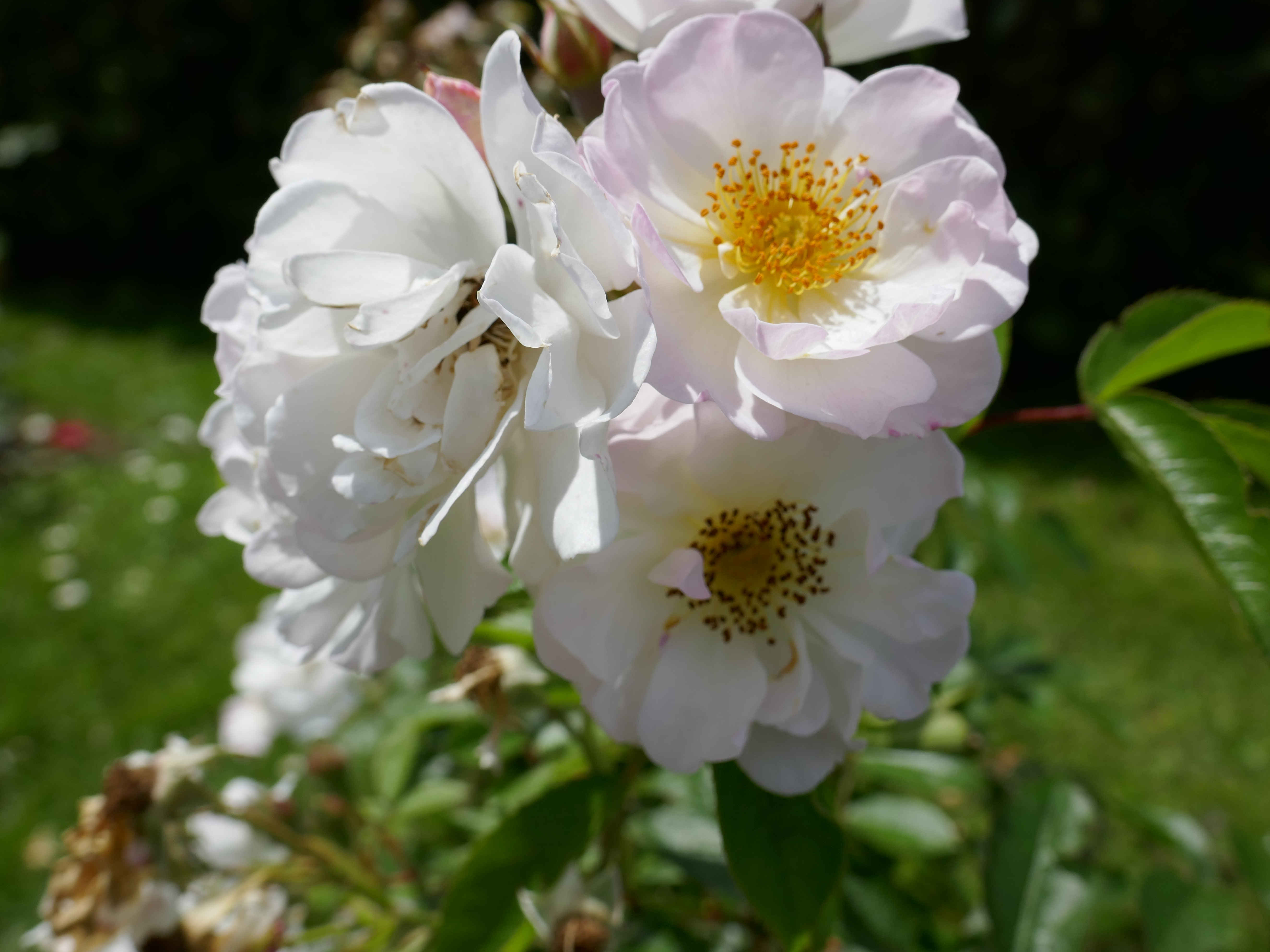
‘Merle Blanc’, Lens, 1985
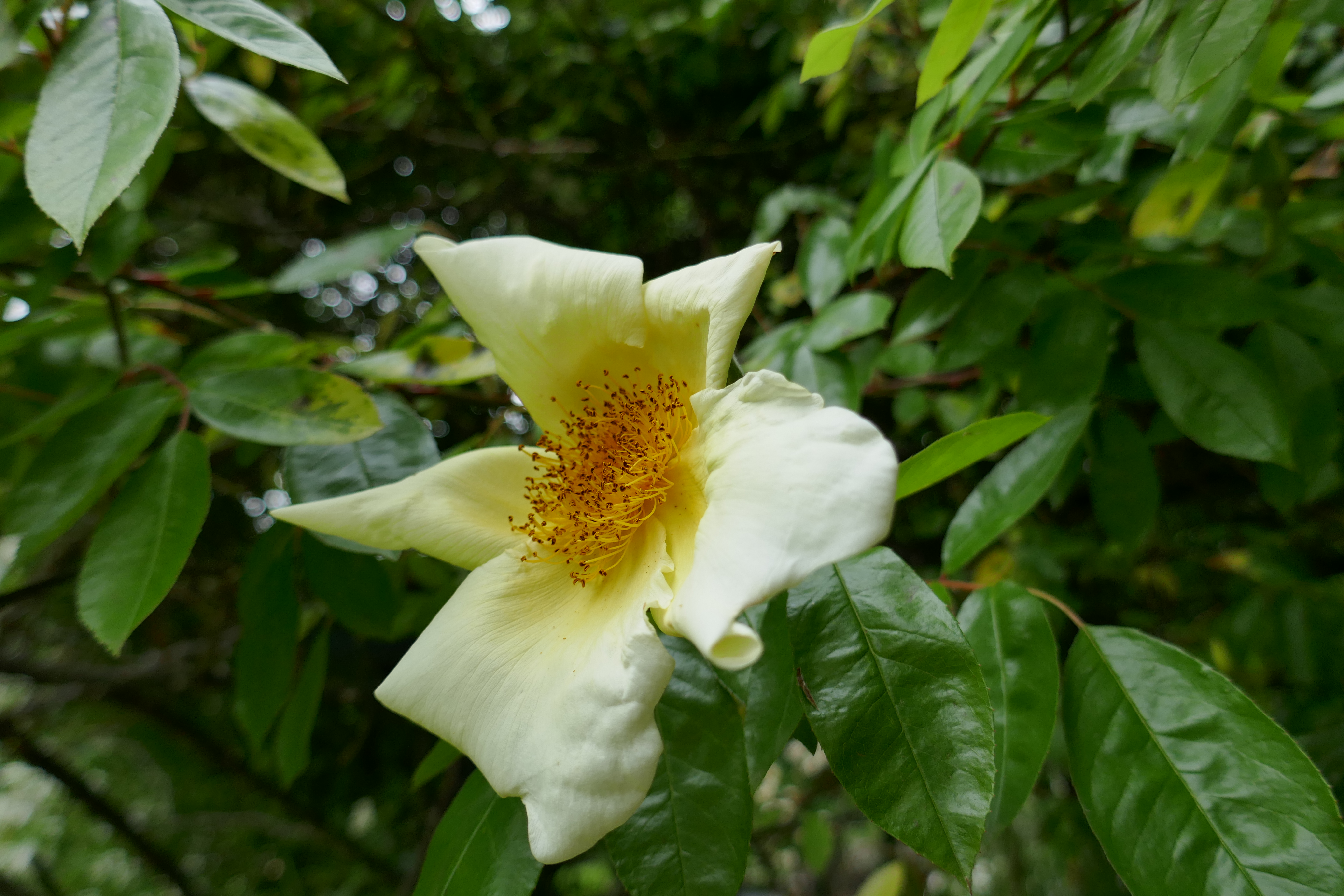
‘Mermaid’, W. Paul, 1917
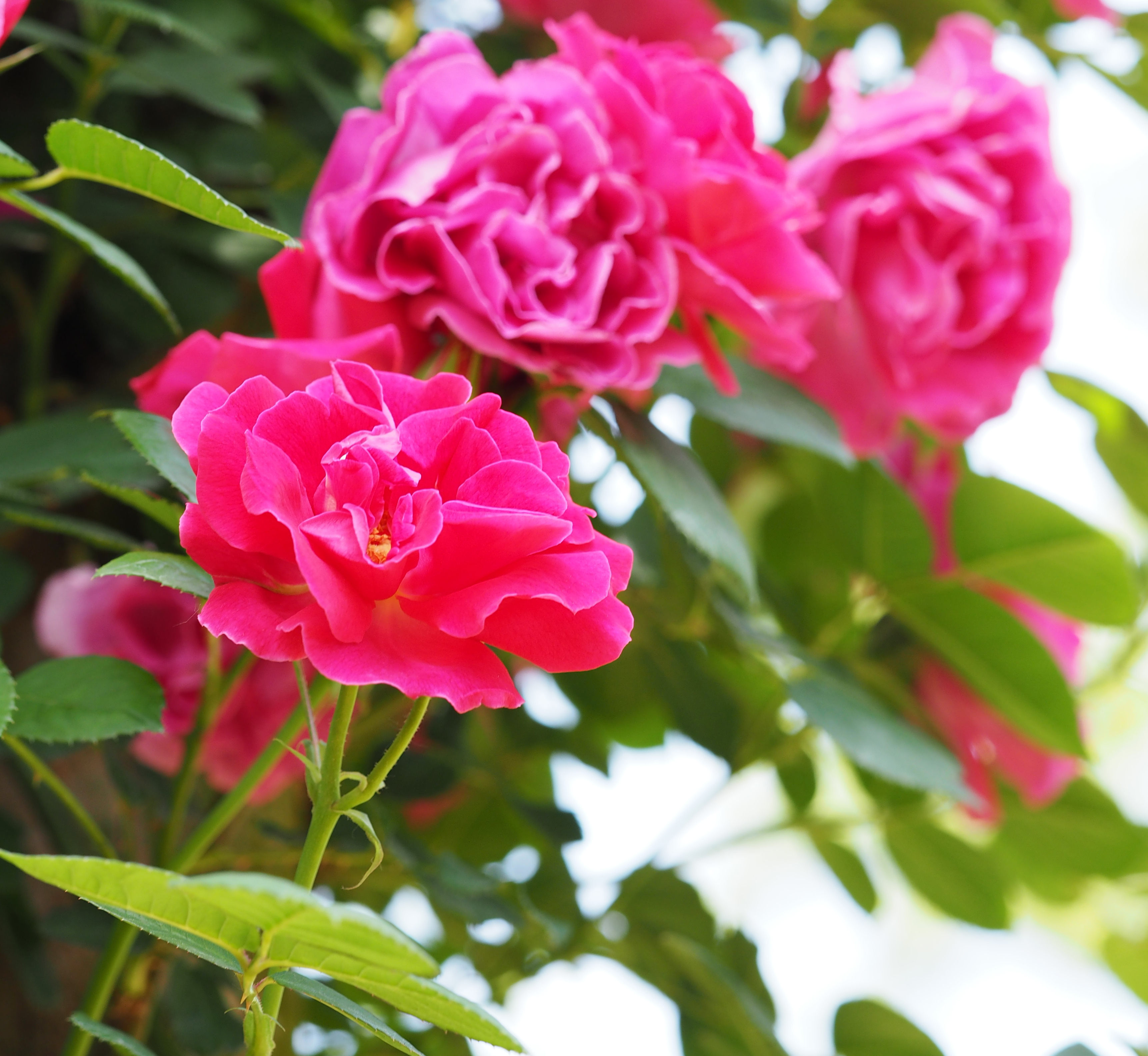
‘Meteor’, Geschwind, 1887
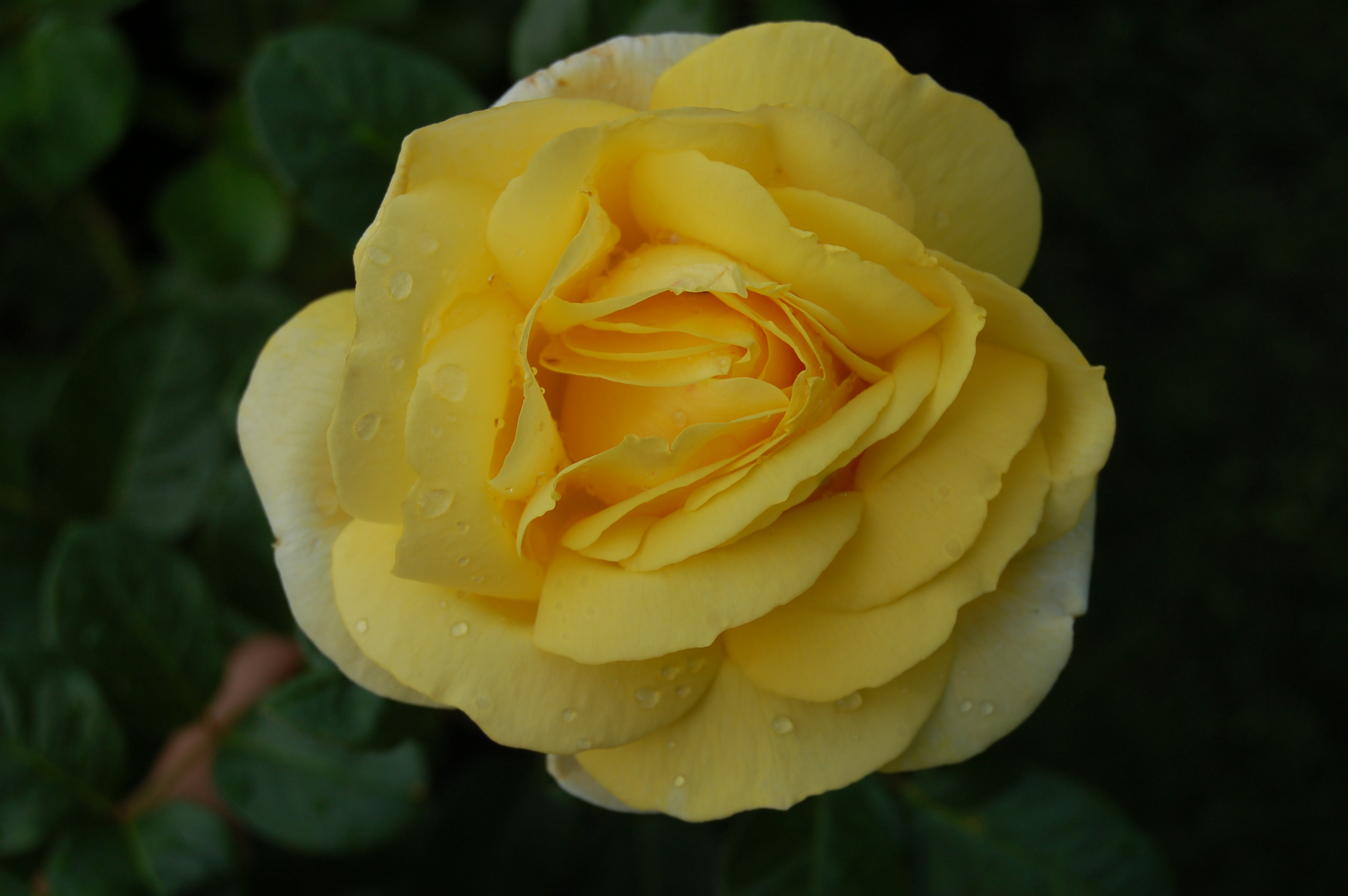
‘Michelangelo’, Meilland/Strobel, 1996
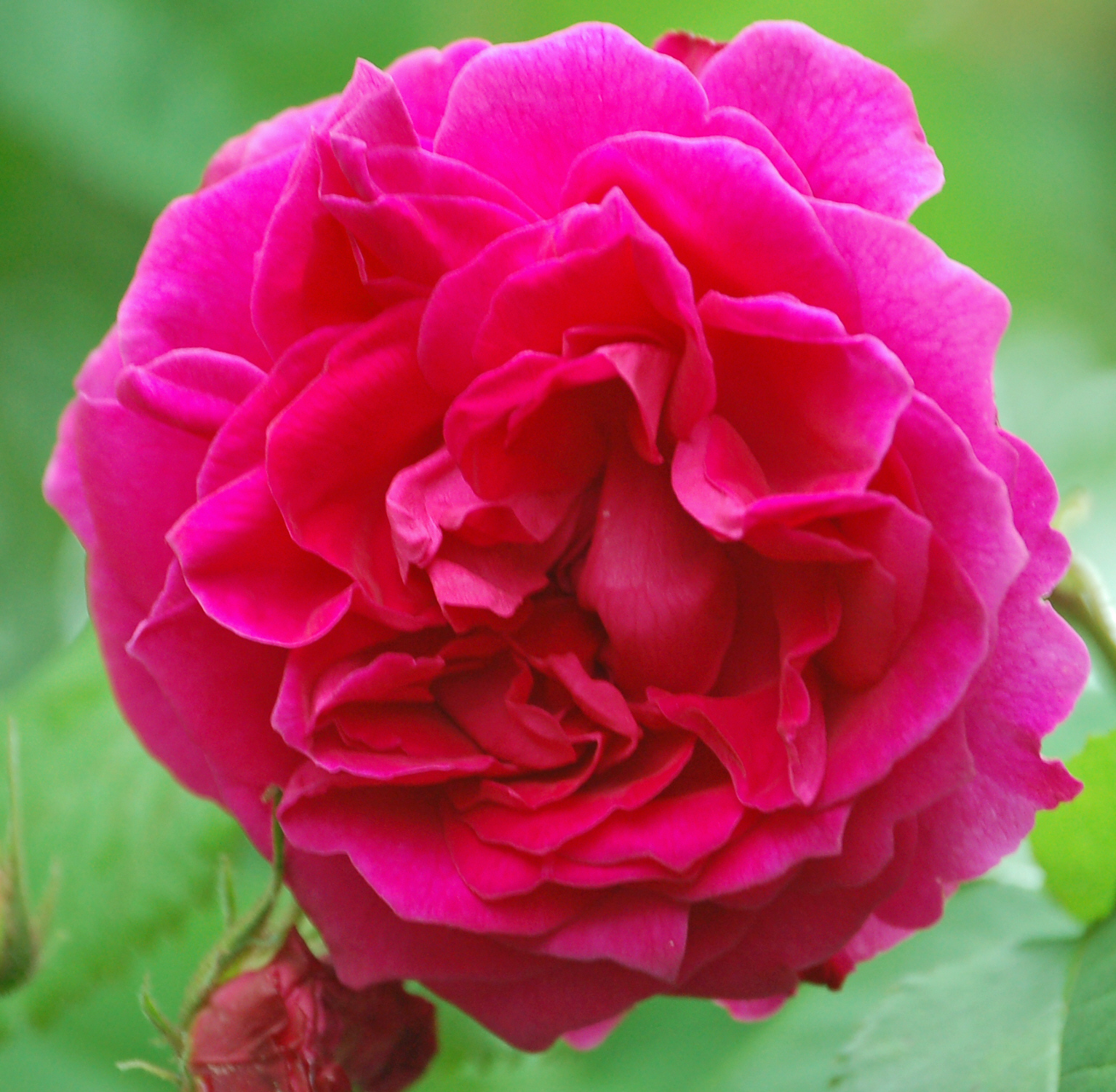
‘Michel Bonnet’ (syn. ‘Catherine Guillot’), Guillot fils, 1864
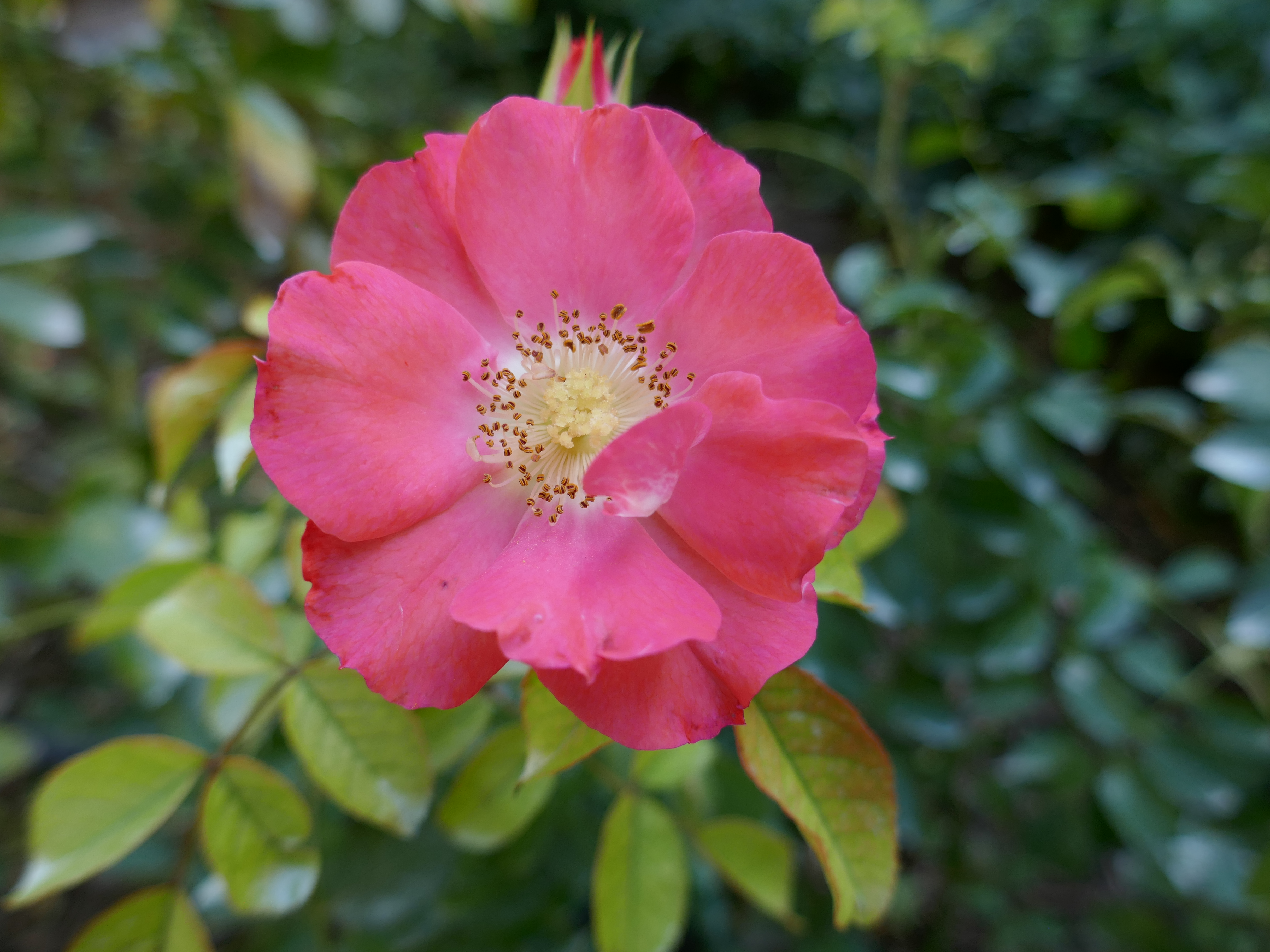
‘Michel Bras’, Delbard, 2002
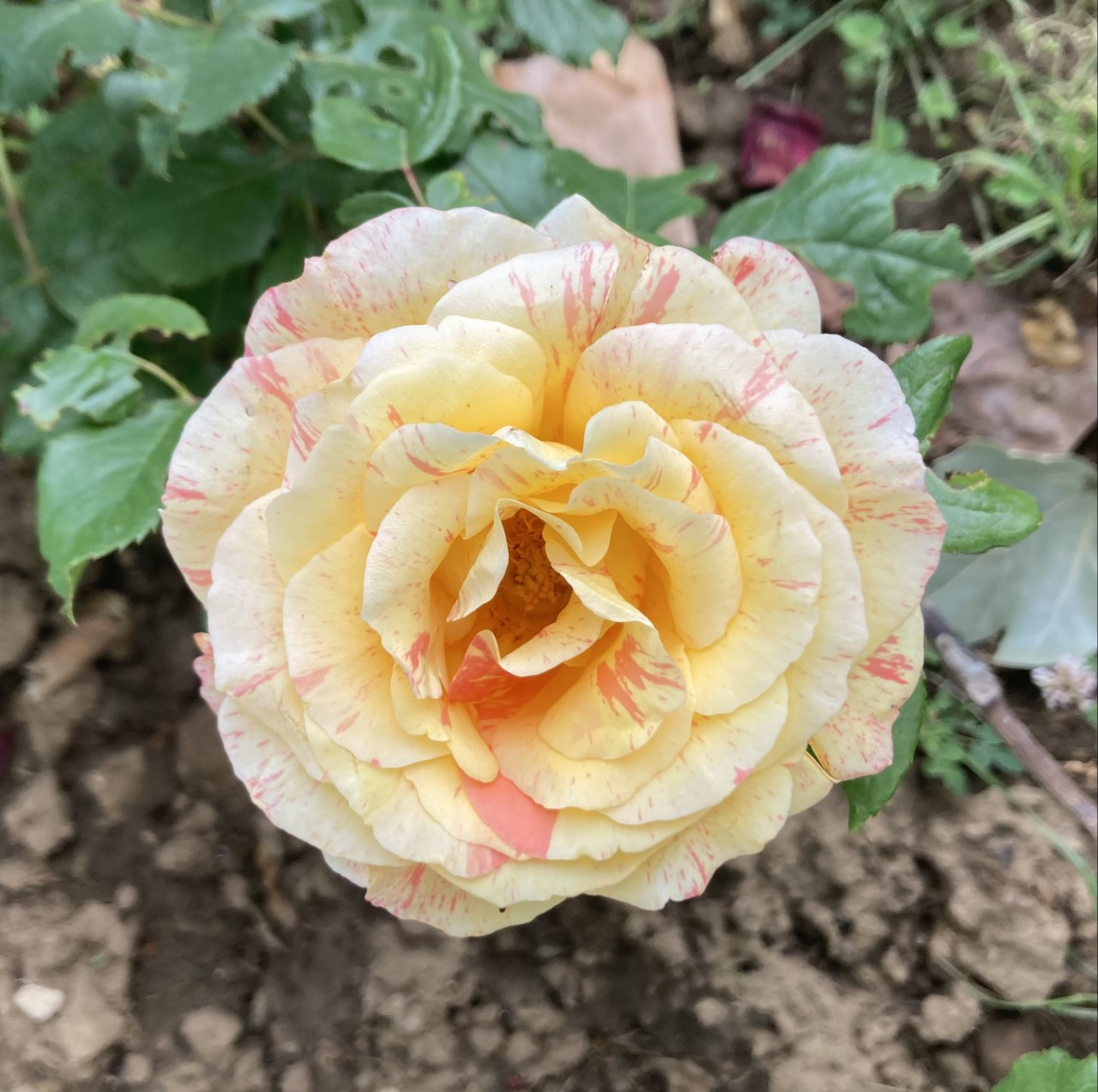
‘Michèle Laroque’, Bernard Panozzo, 2007
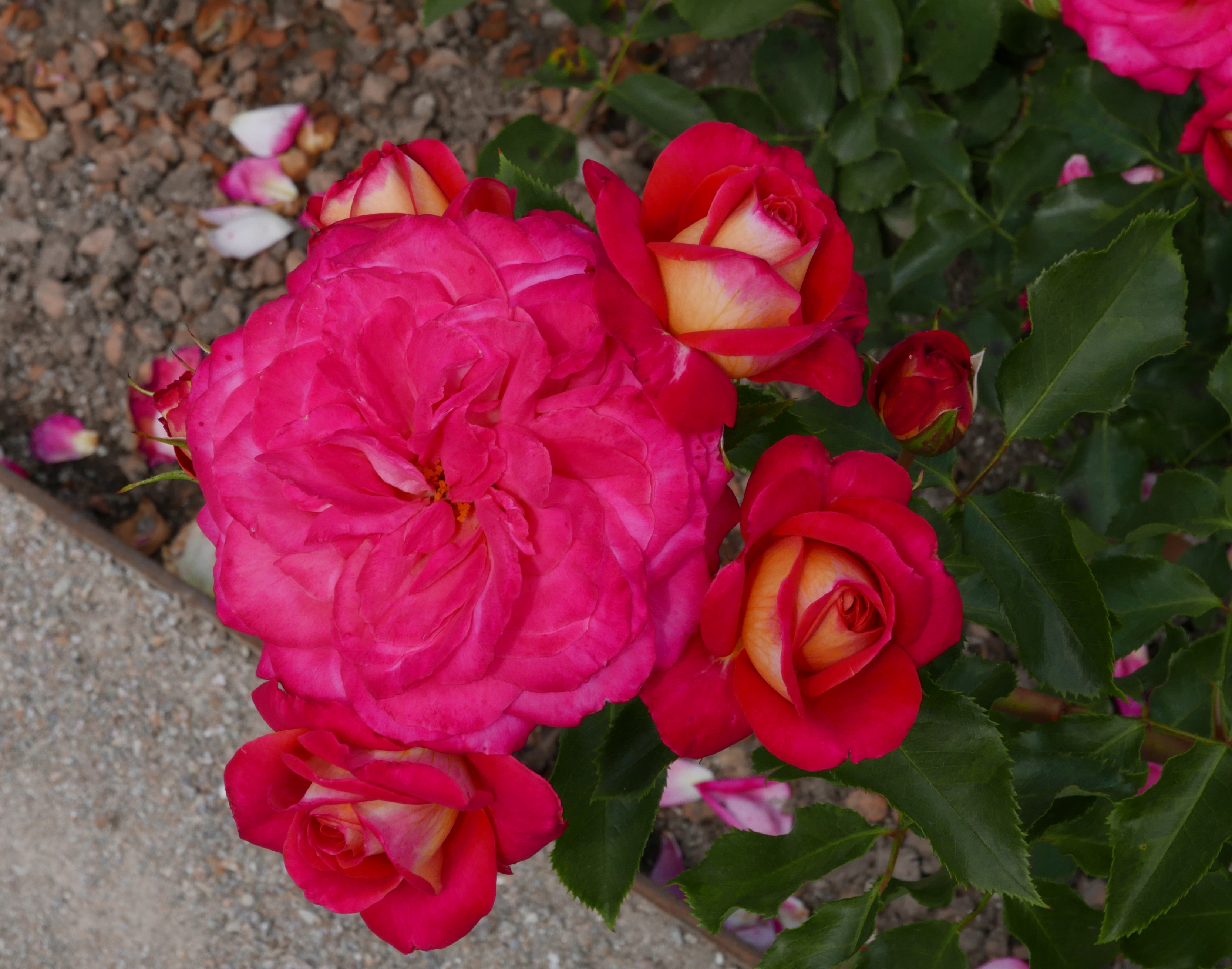
‘Midsummer’, Tantau, 2008
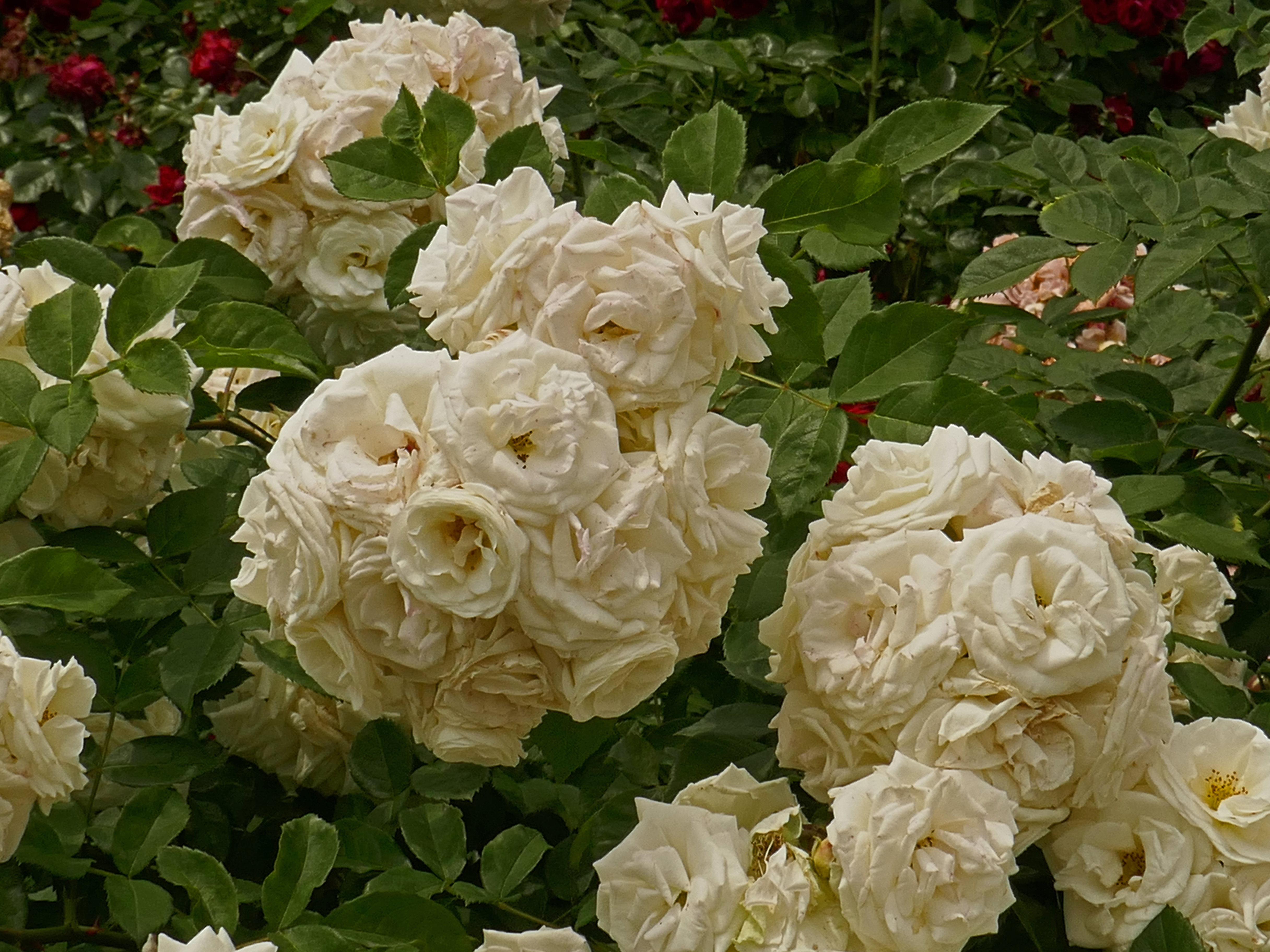
‘Midsummersnow’, Vissers, 2001
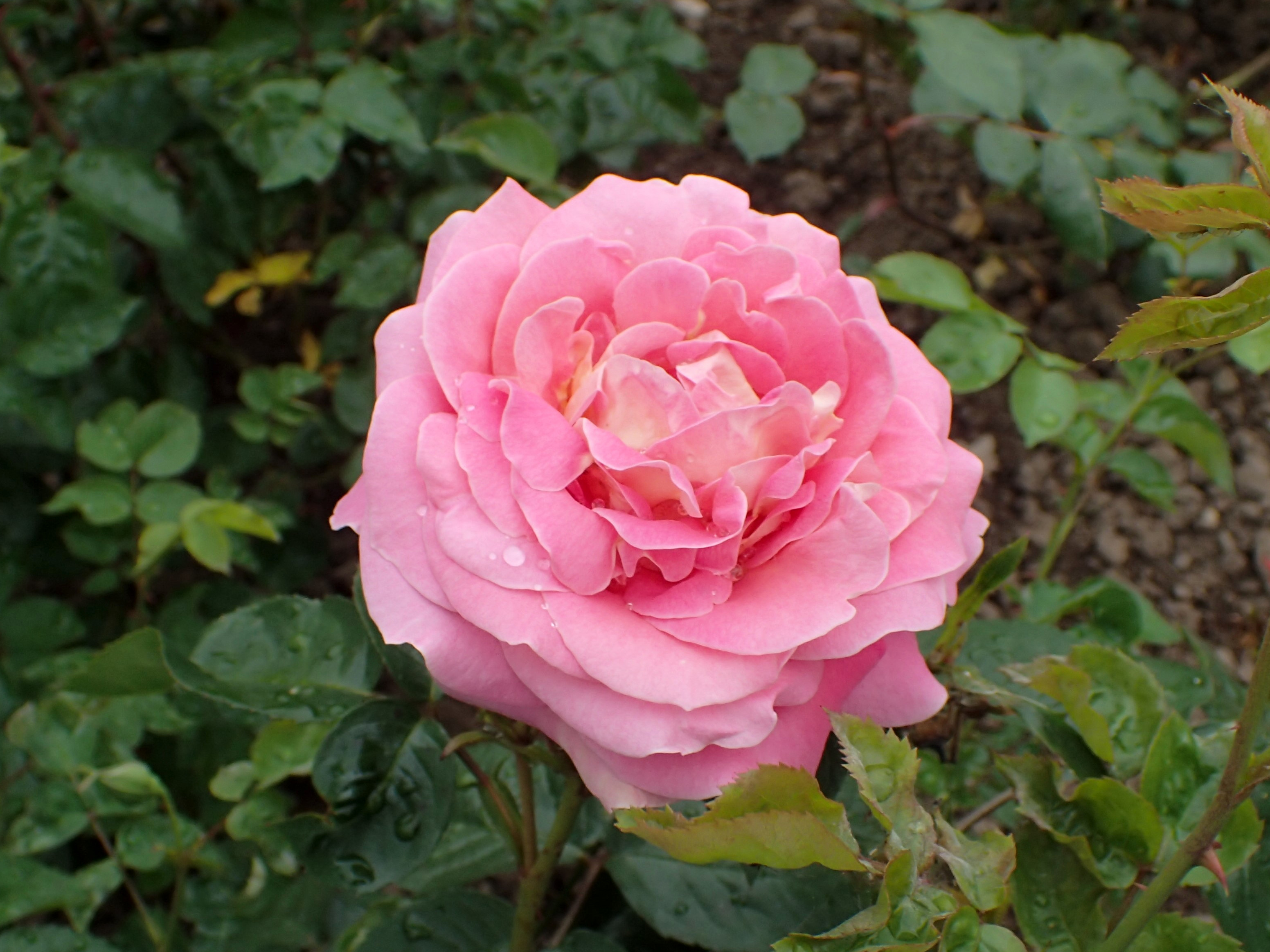
‘Mies Bouwman’, Buisman, 1973
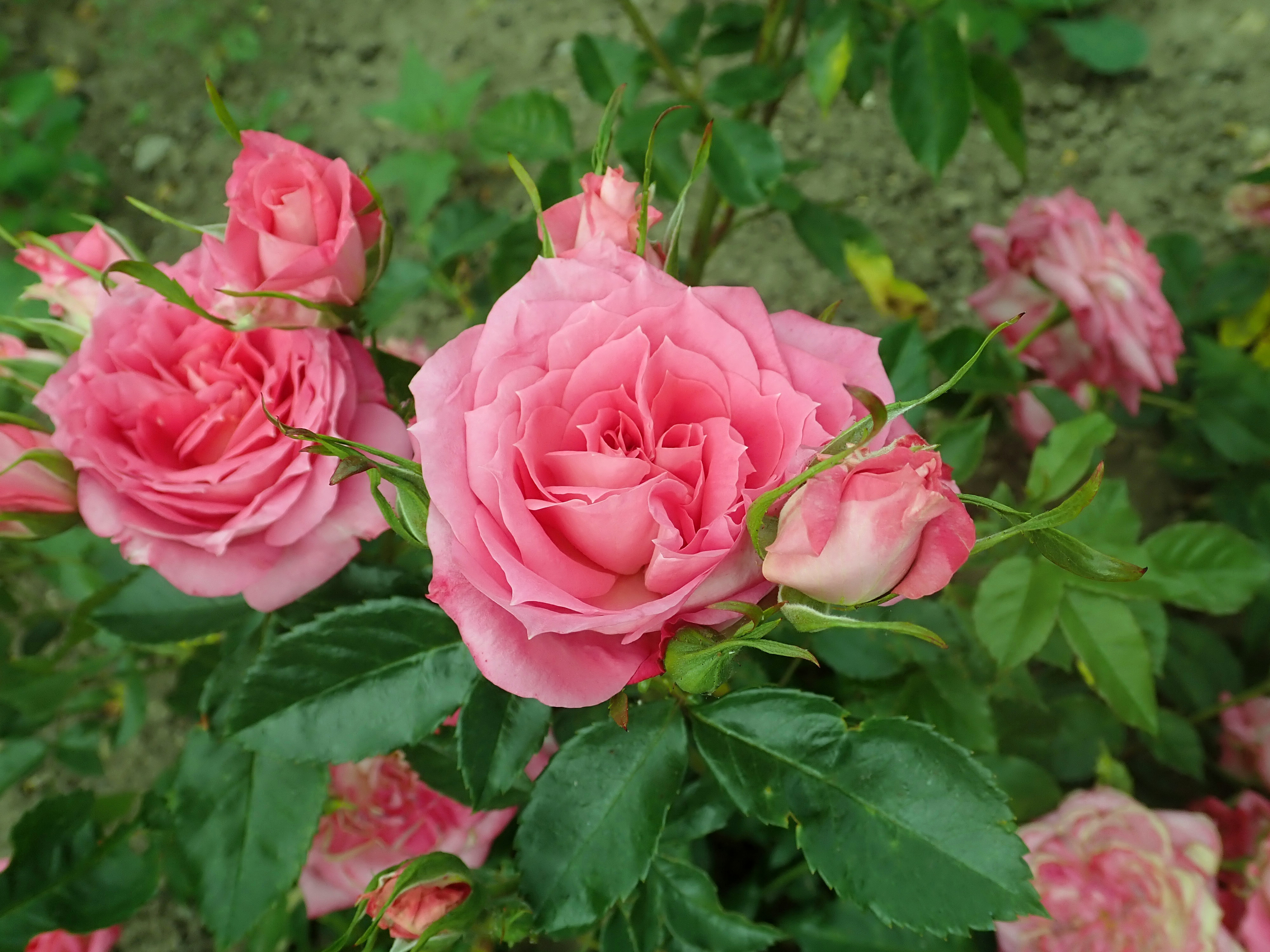
‘Mikki’, Johann Schmadlak, 1999
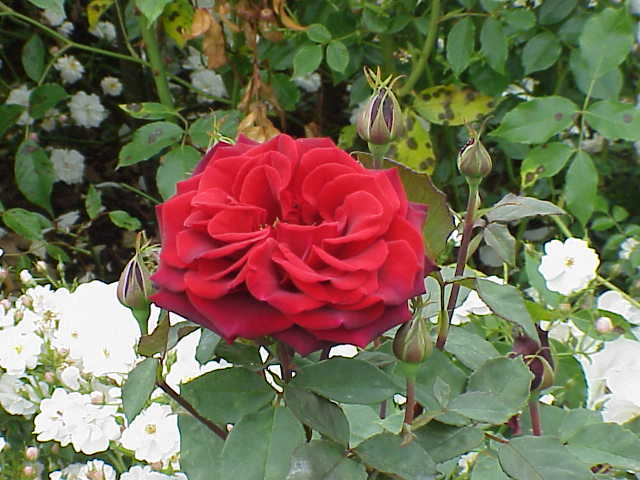
‘Mildred Scheel’, M. Tantau jun., 1976
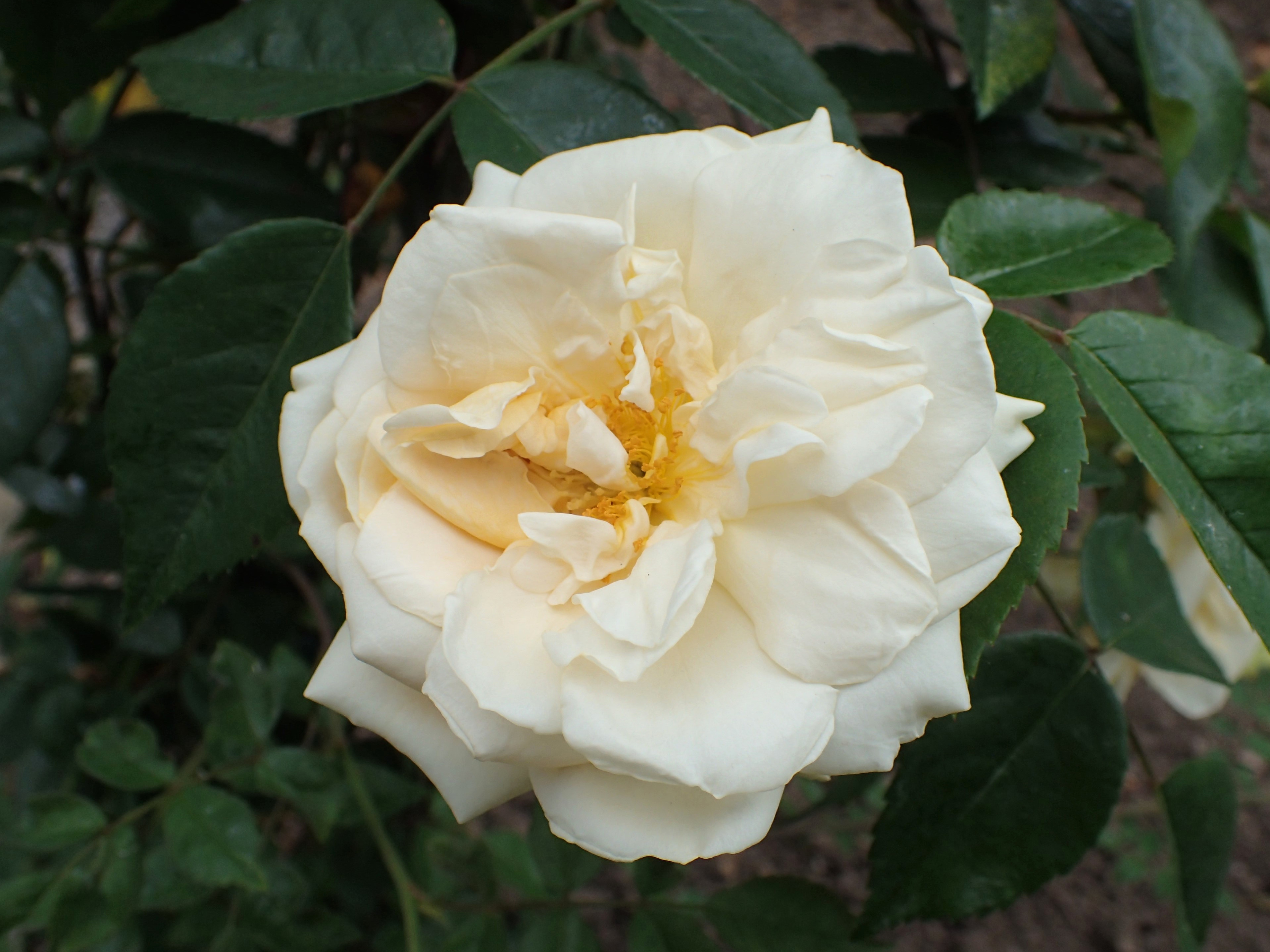
‘Milkmaid’, Alister Clark, 1925
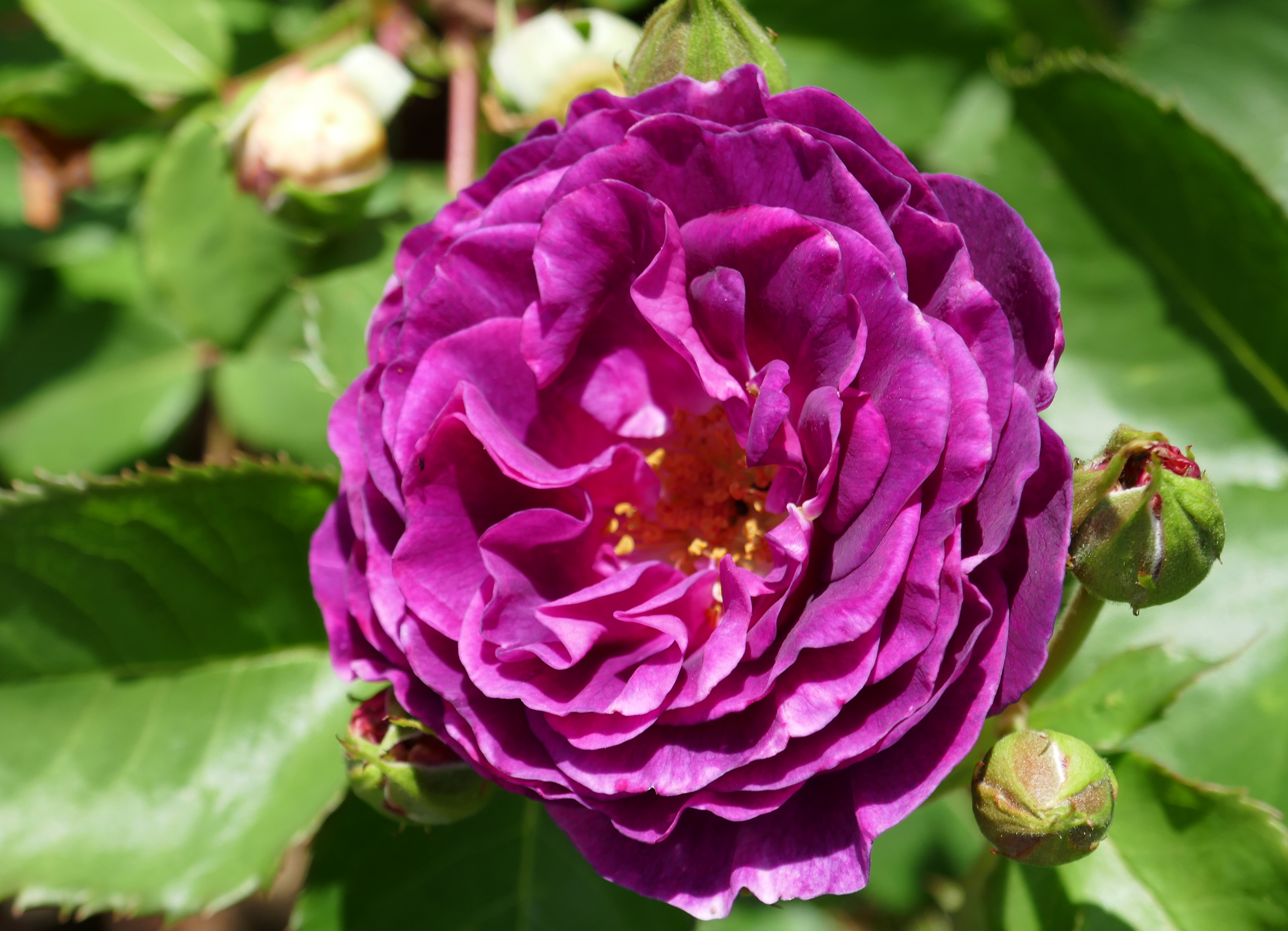
‘Minerva’, Vissers, 2011
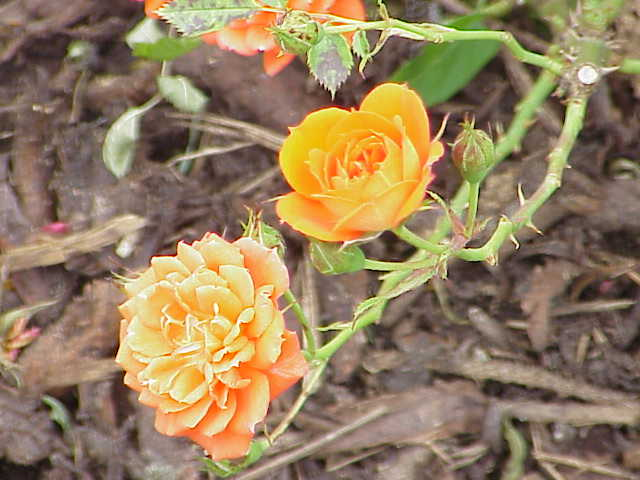
‘Ministar’, Fryer, 1993
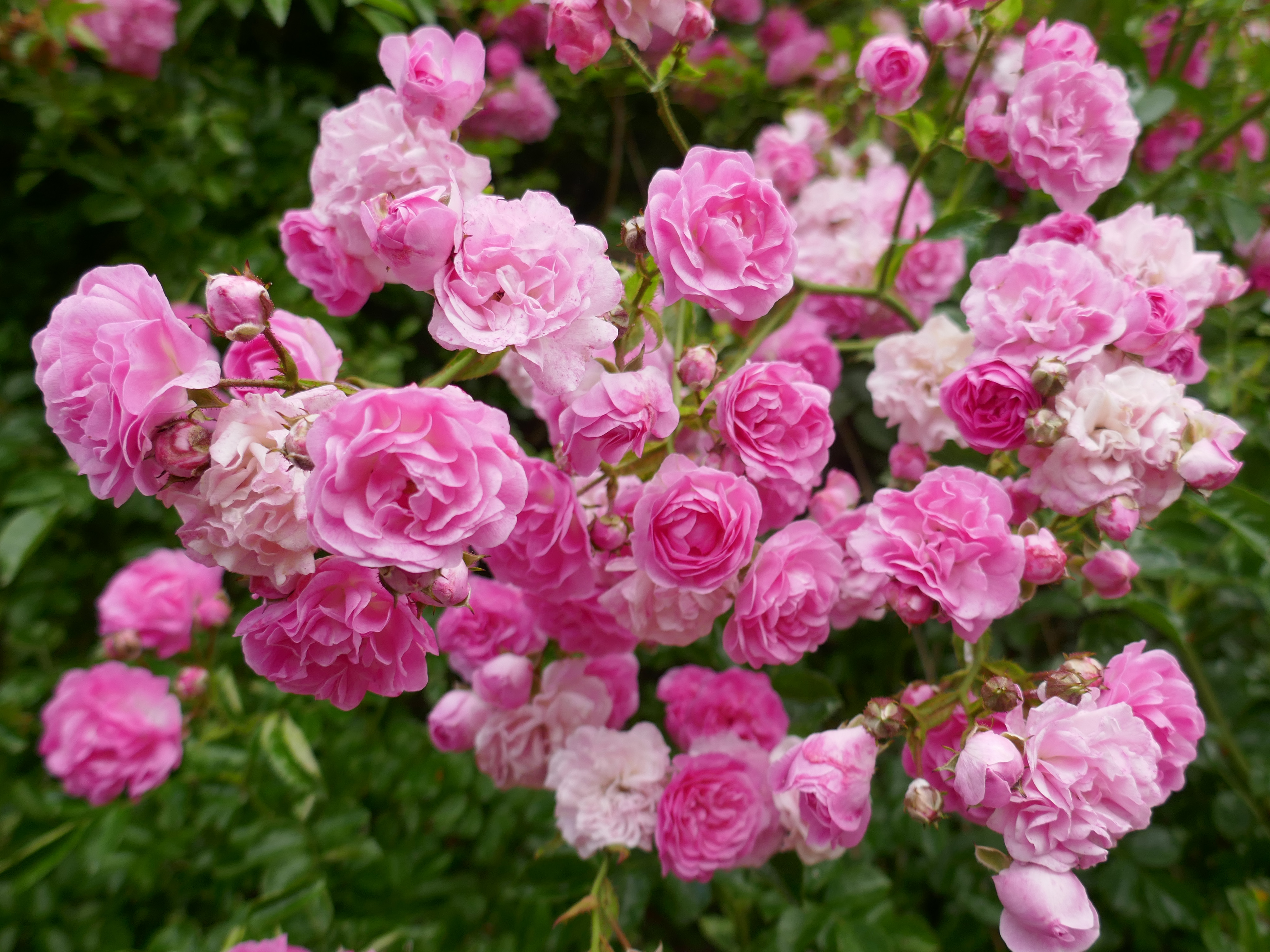
‘Minnehaha’, Walsh, 1904
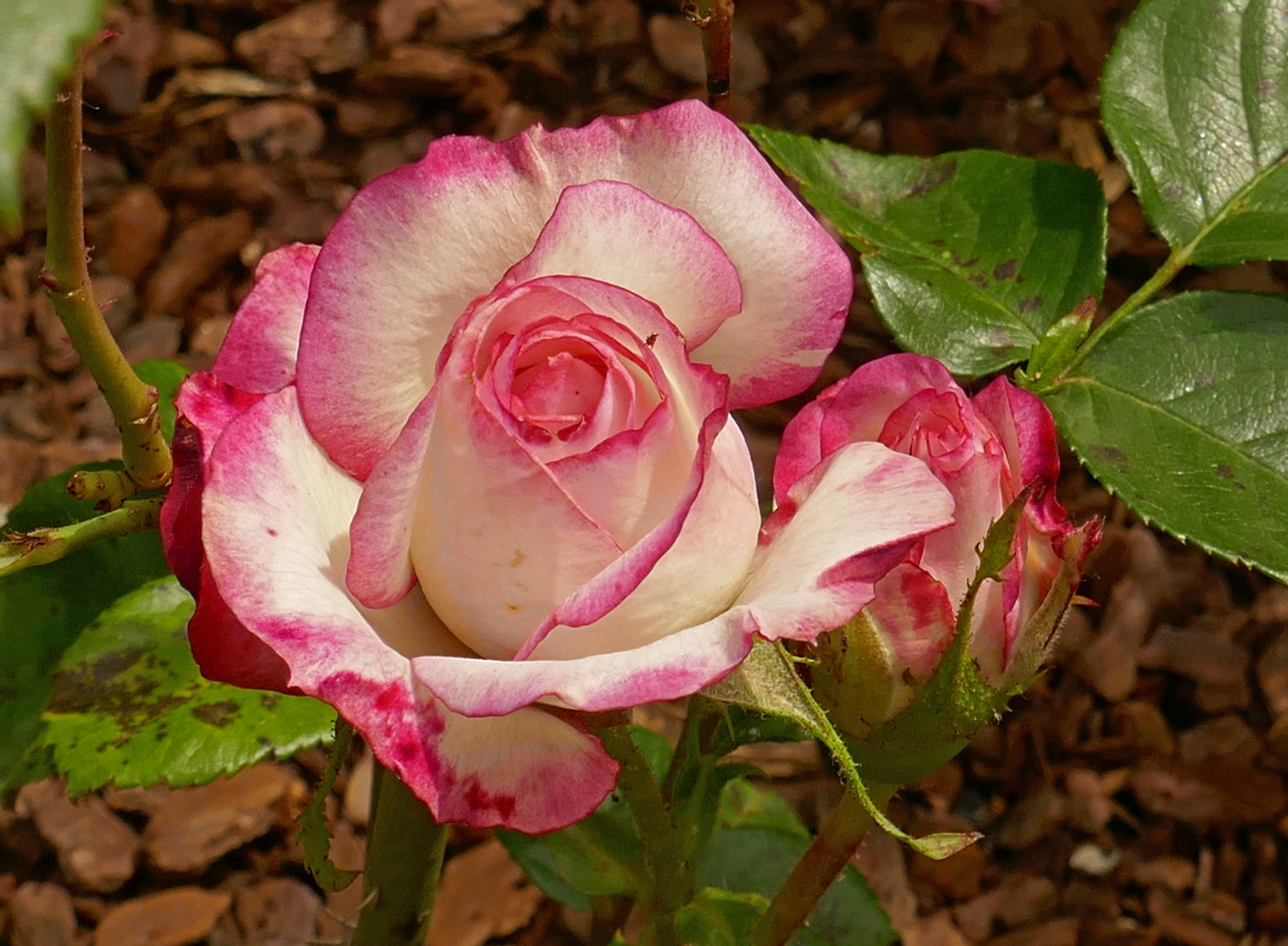
‘Minuette’, Lammerts, 1969
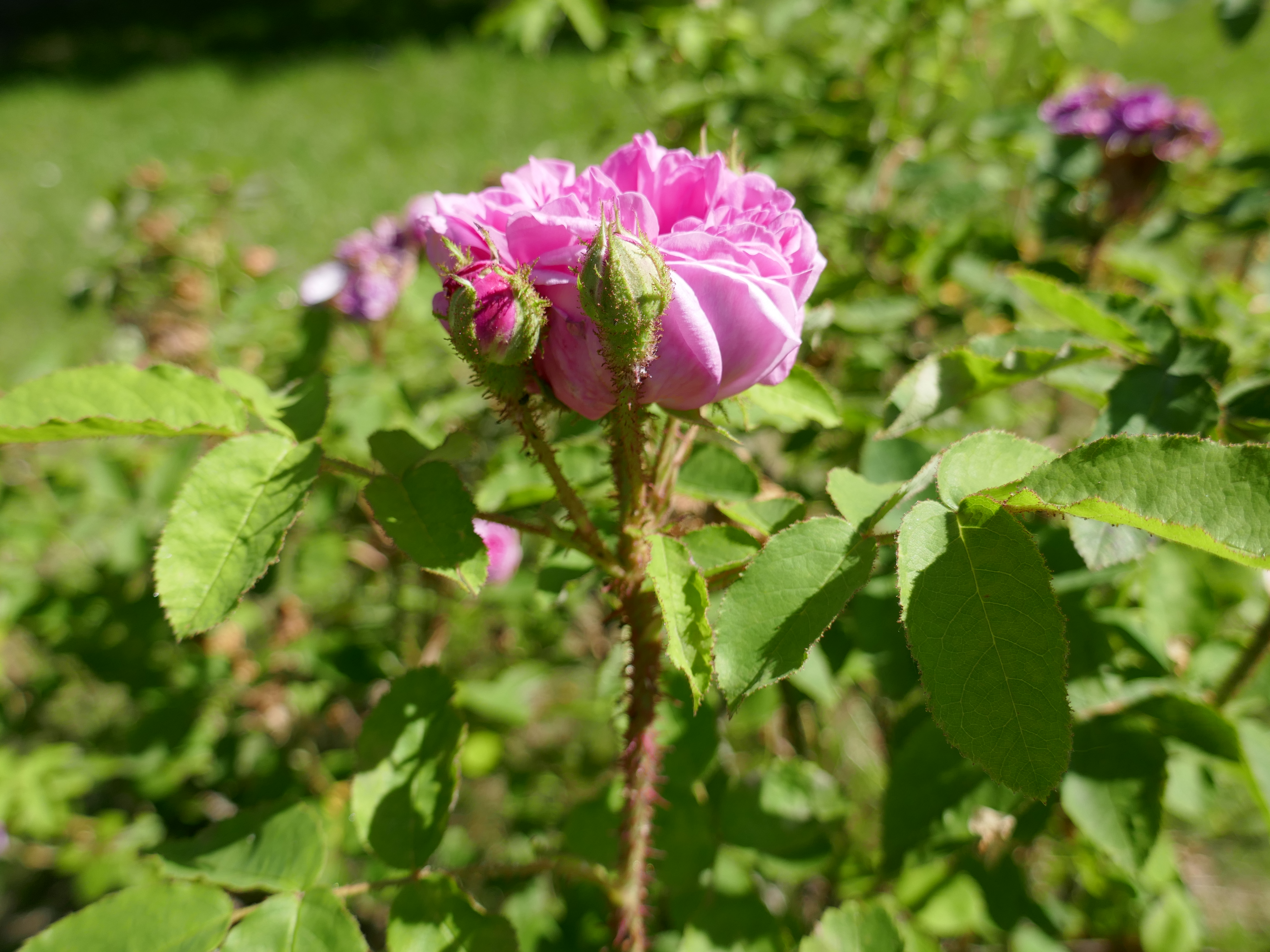
‘Miranda’, de Sansal, 1869
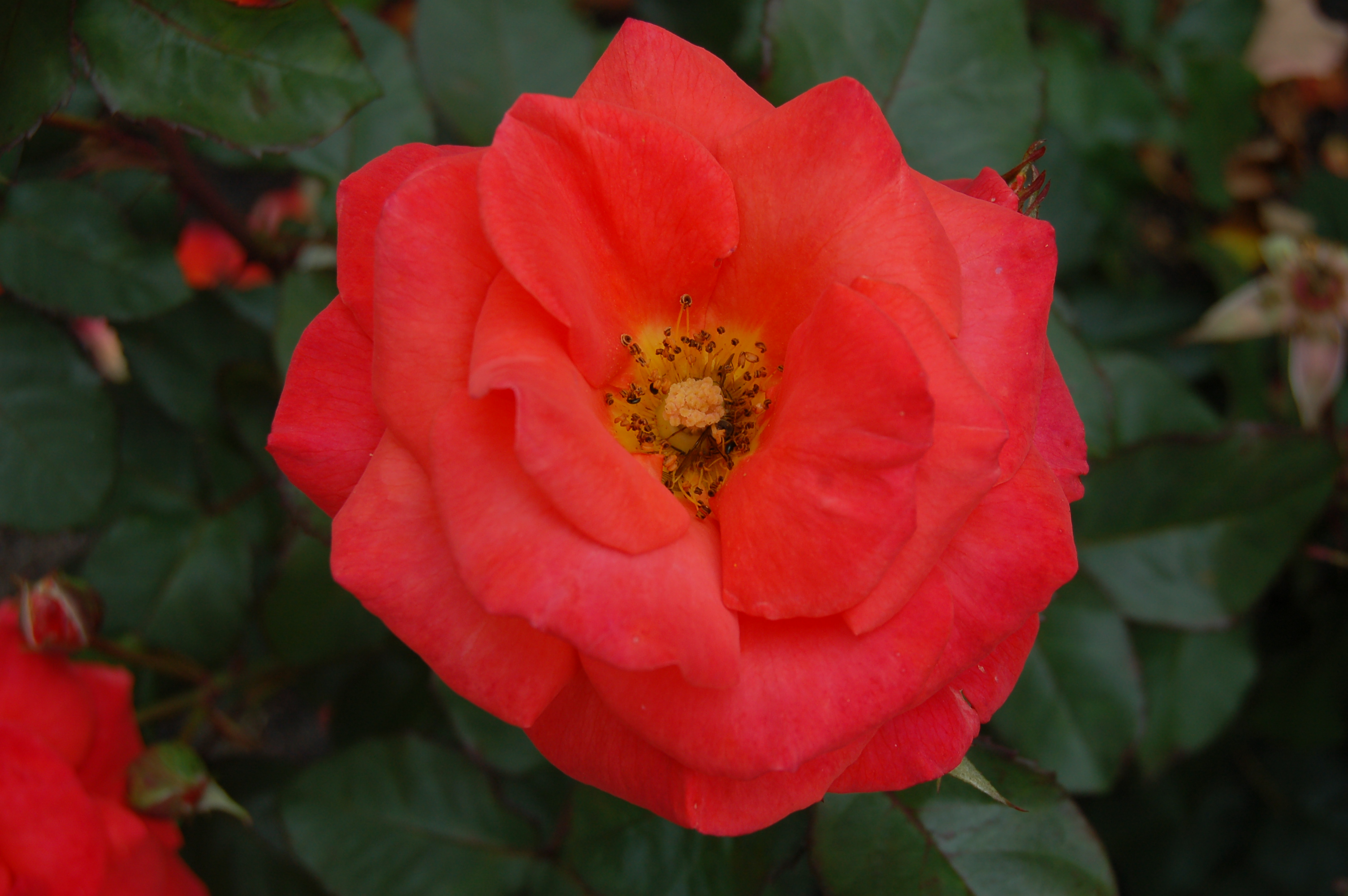
‘Mireille Mathieu’, Kordes, 1988
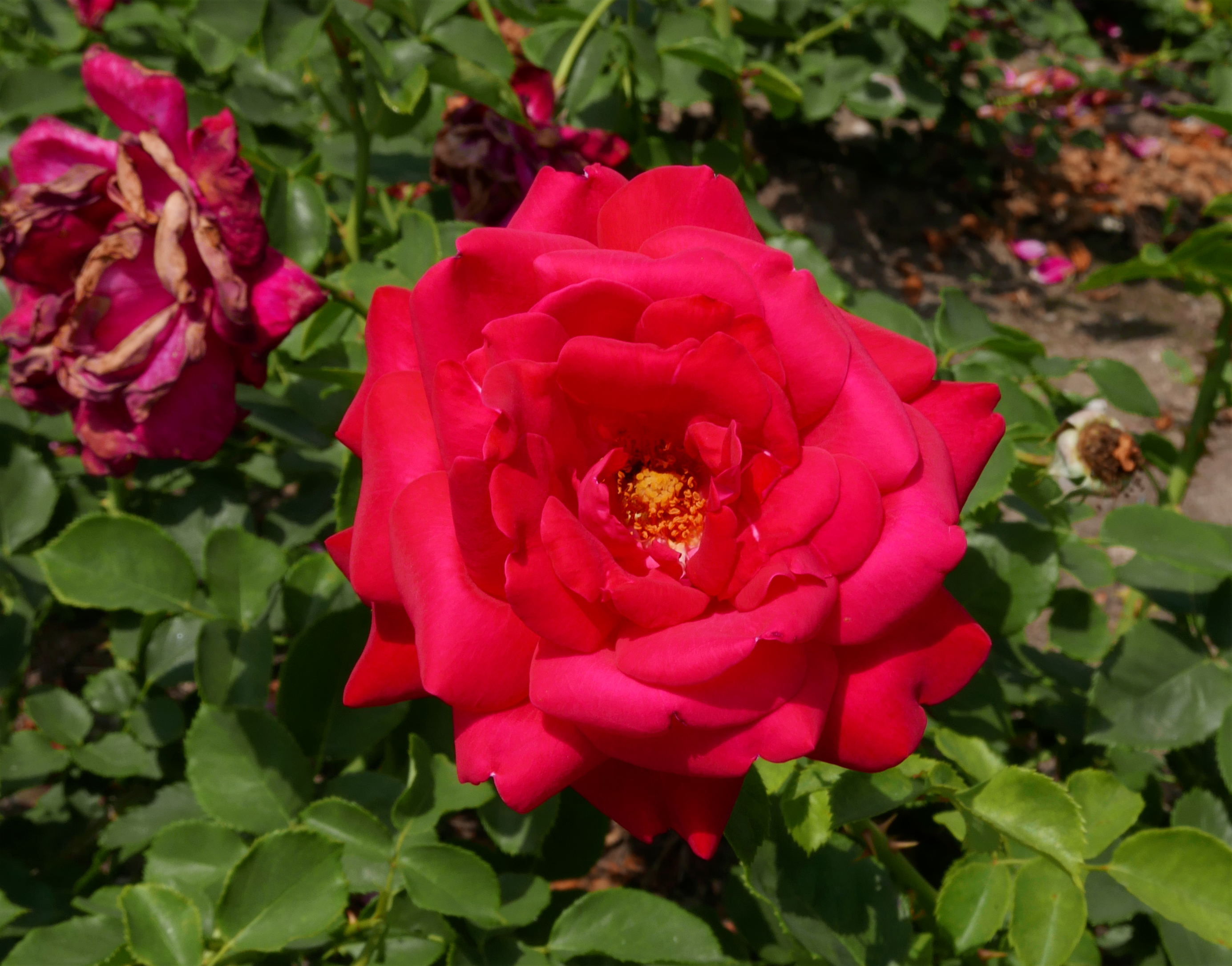
‘Miss Baden’, Harkness, 1976
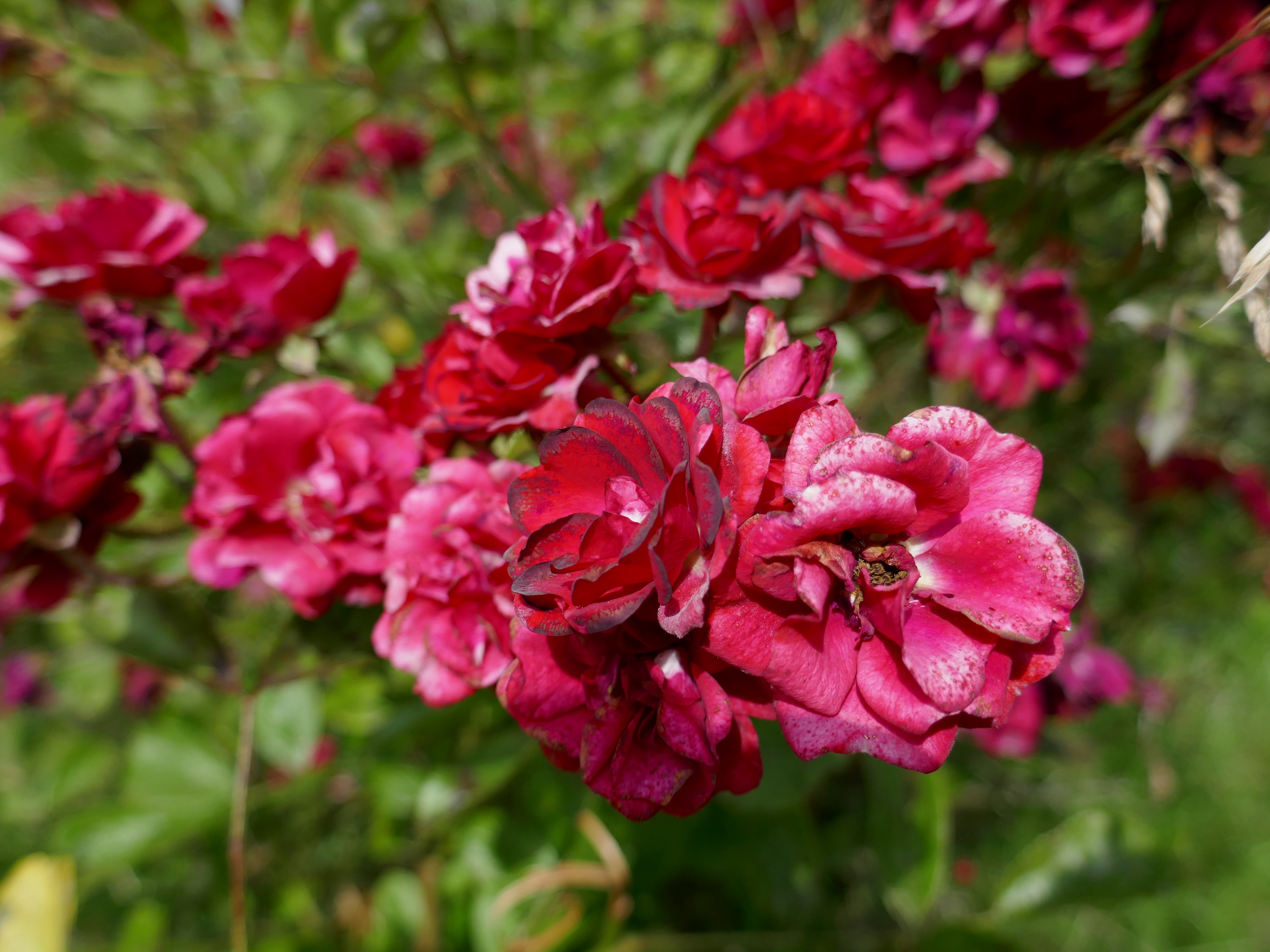
‘Miss Edith Cavell’, Meiderwijk/Spek, 1917
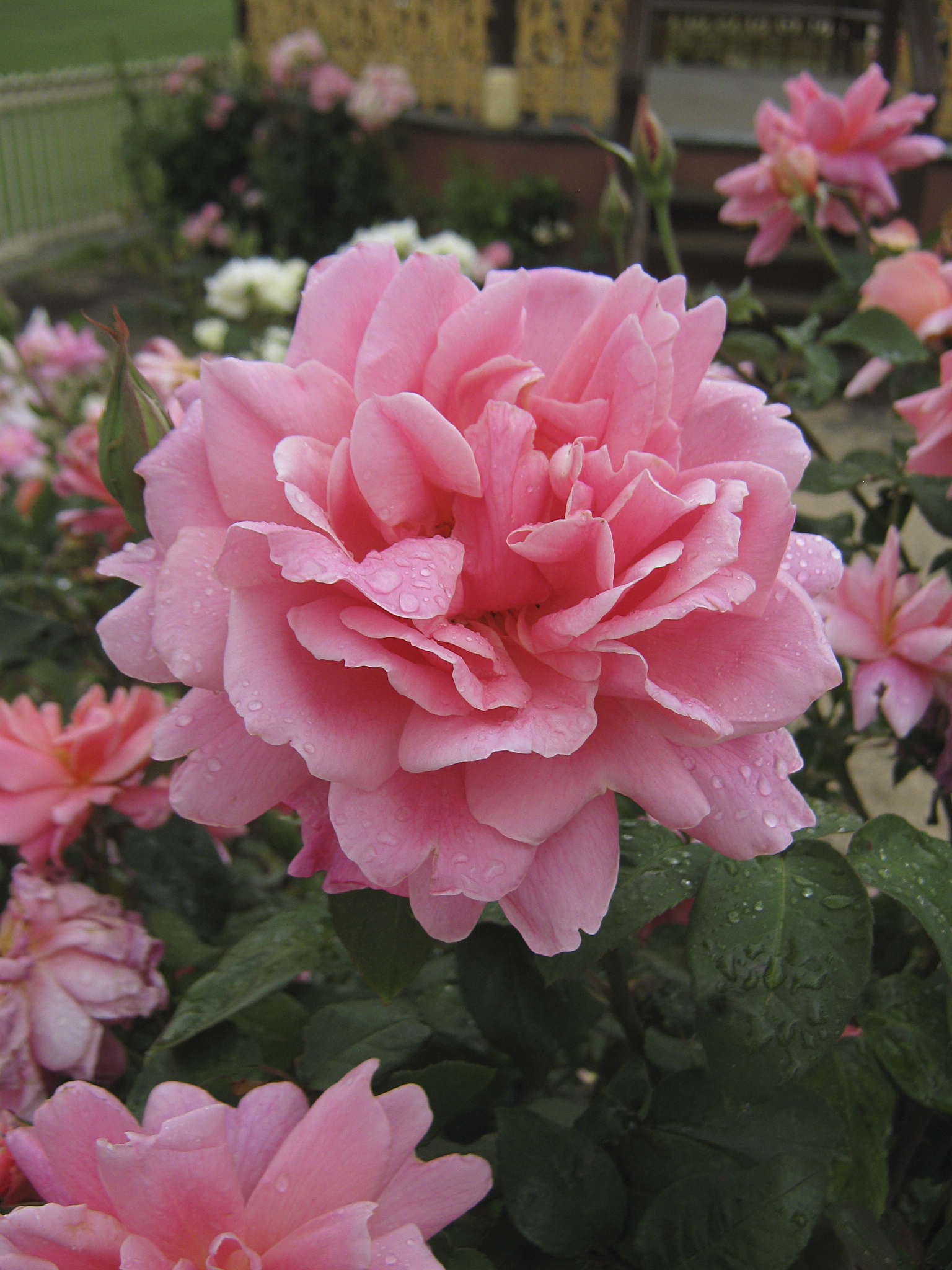
‘Mission Bells’, Theodore John Morris, 1949
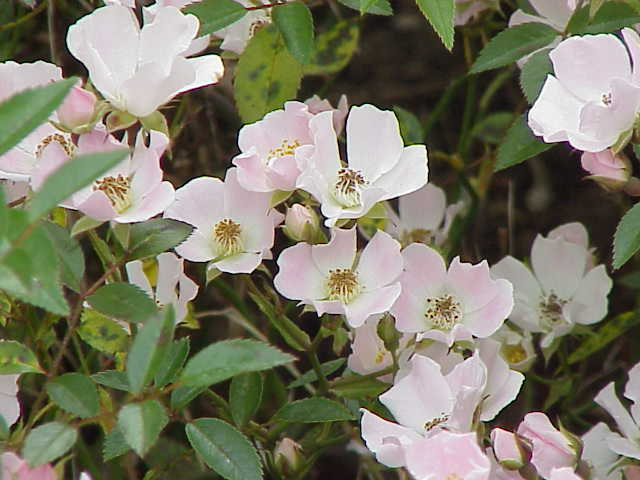
‘Miyagino’, Onodera, 1978
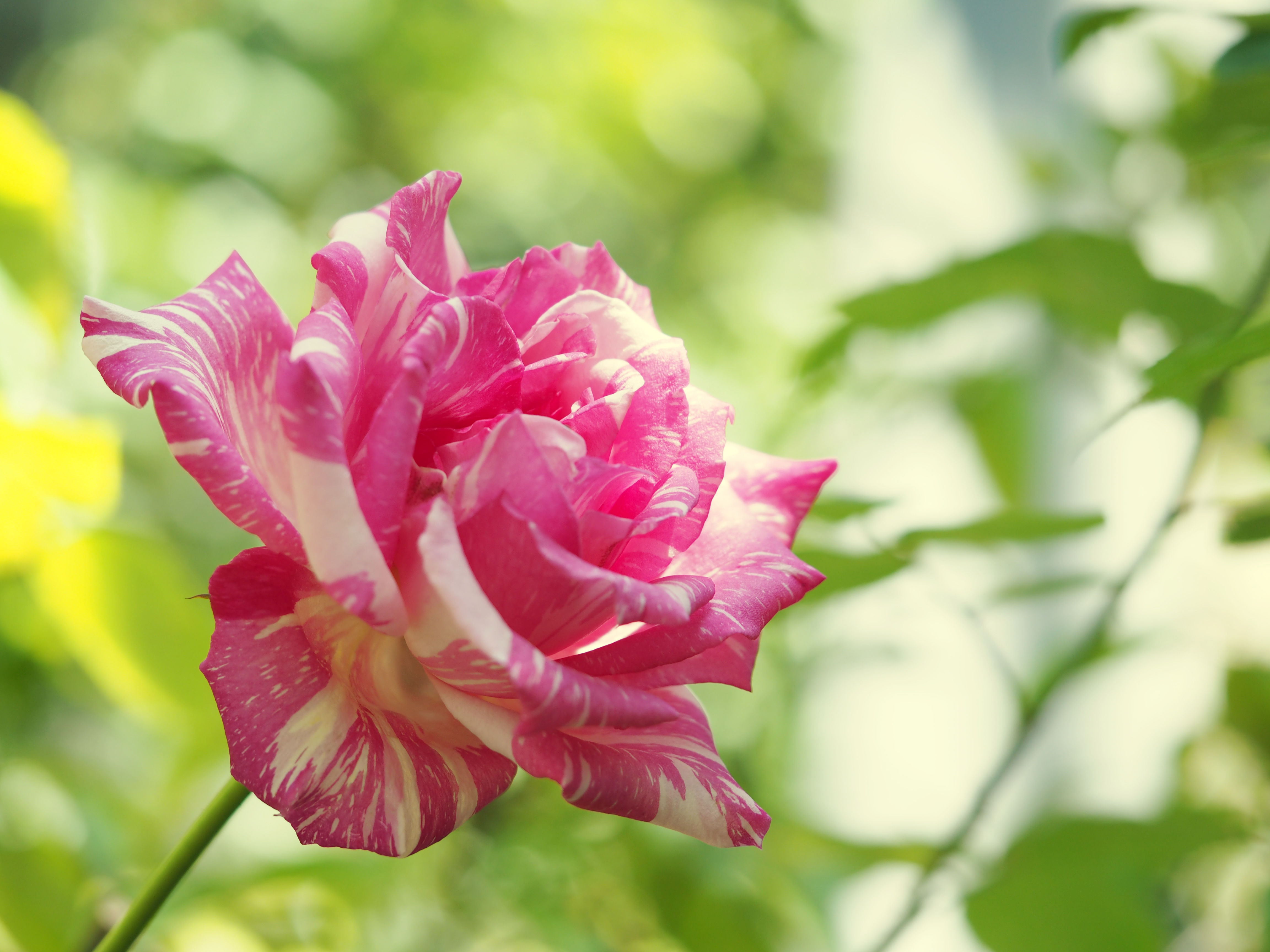
‘Modern Times’, Gysbert Verbeek, 1951
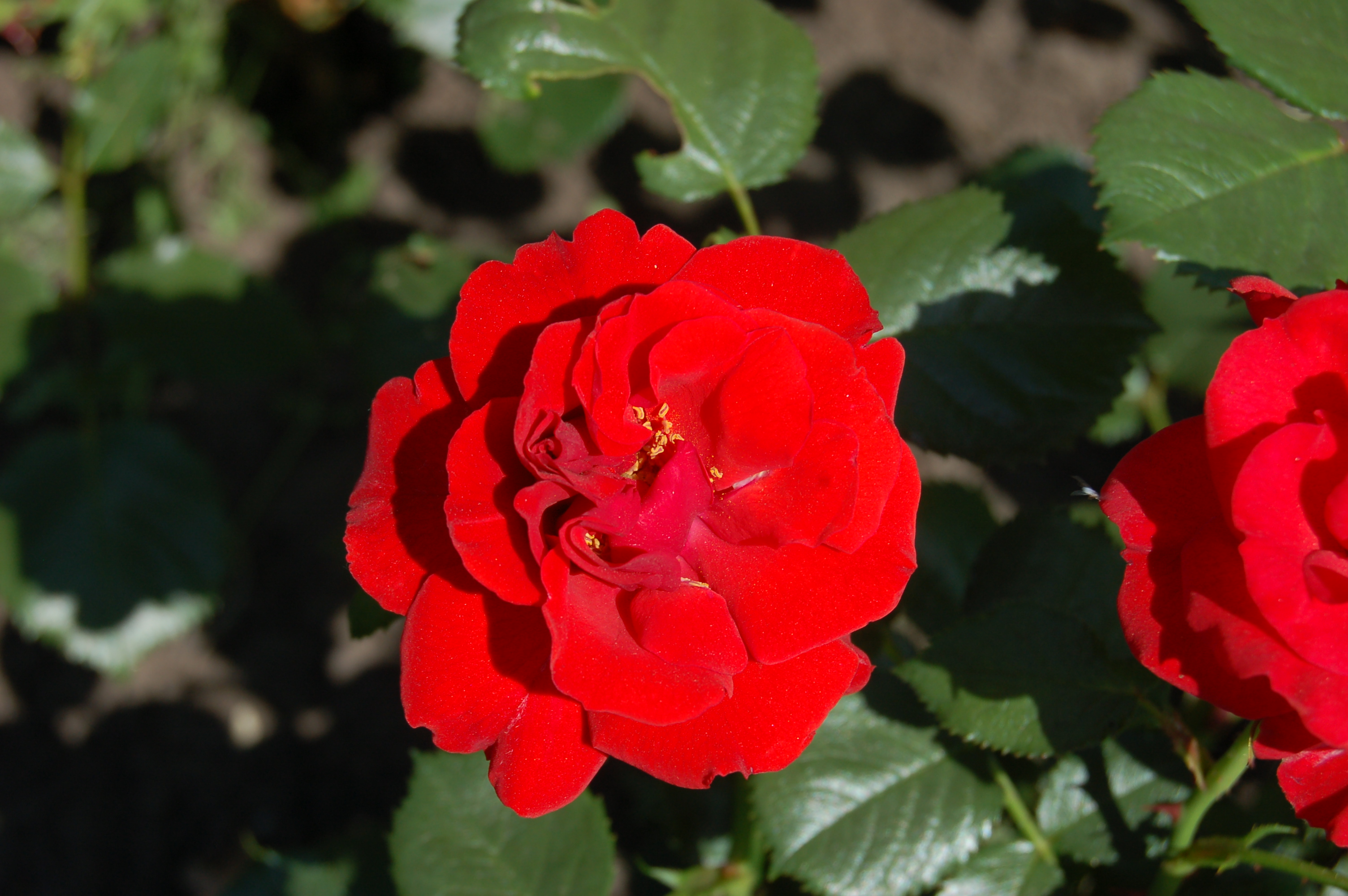
‘Molde’, M. Tantau jun., 1964
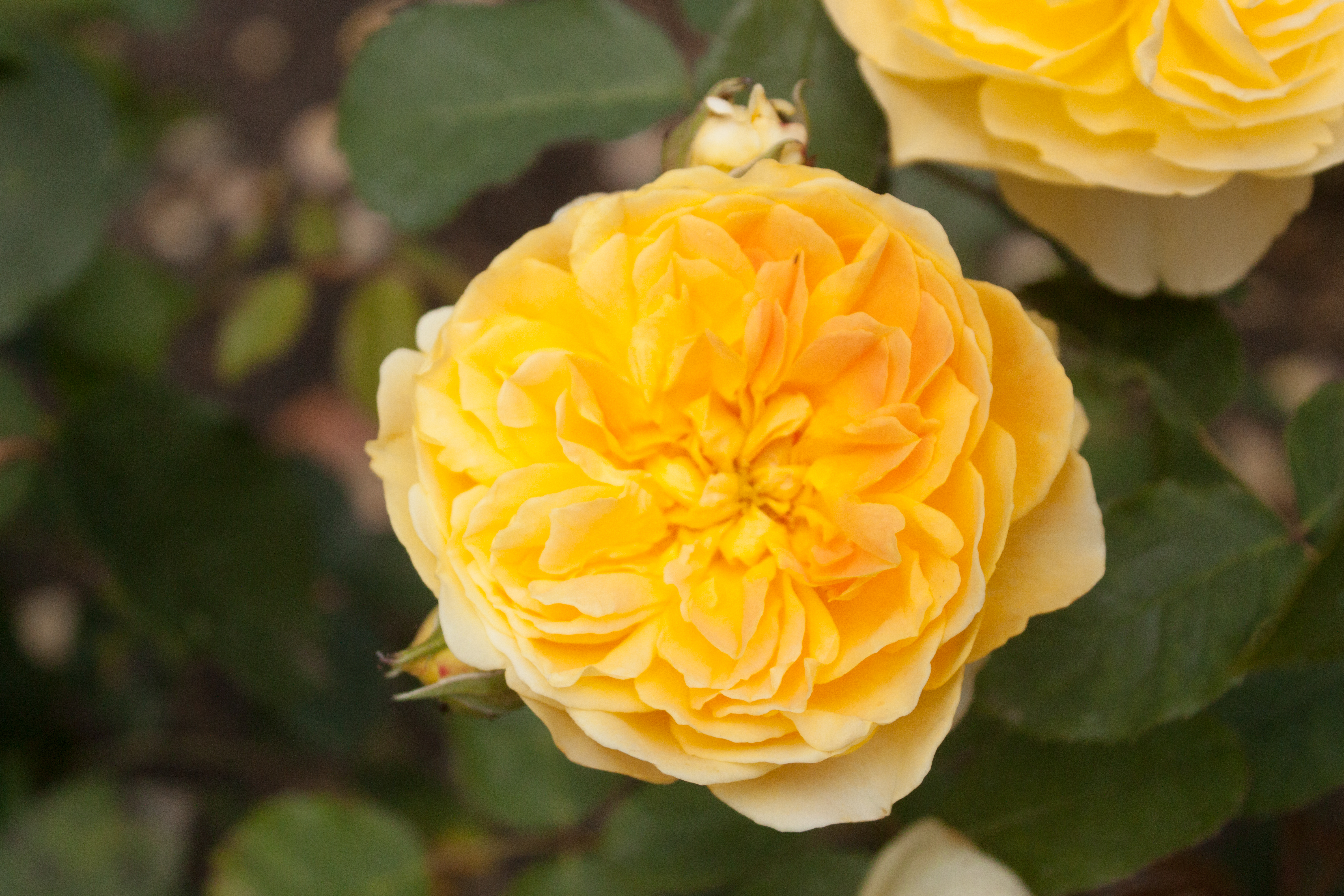
‘Molineux’, David Austin, 1994
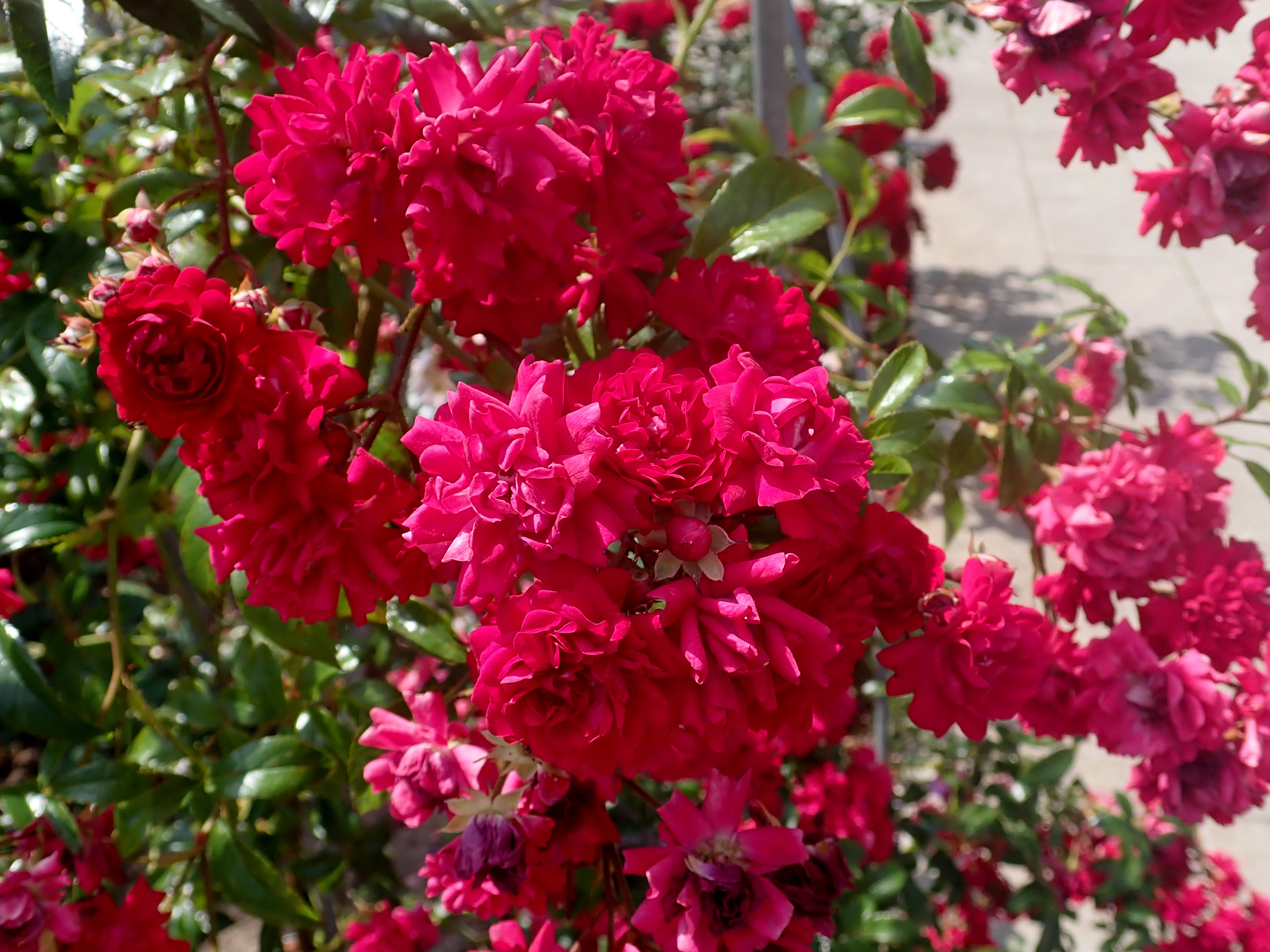
‘Momo’, Noack, 1995
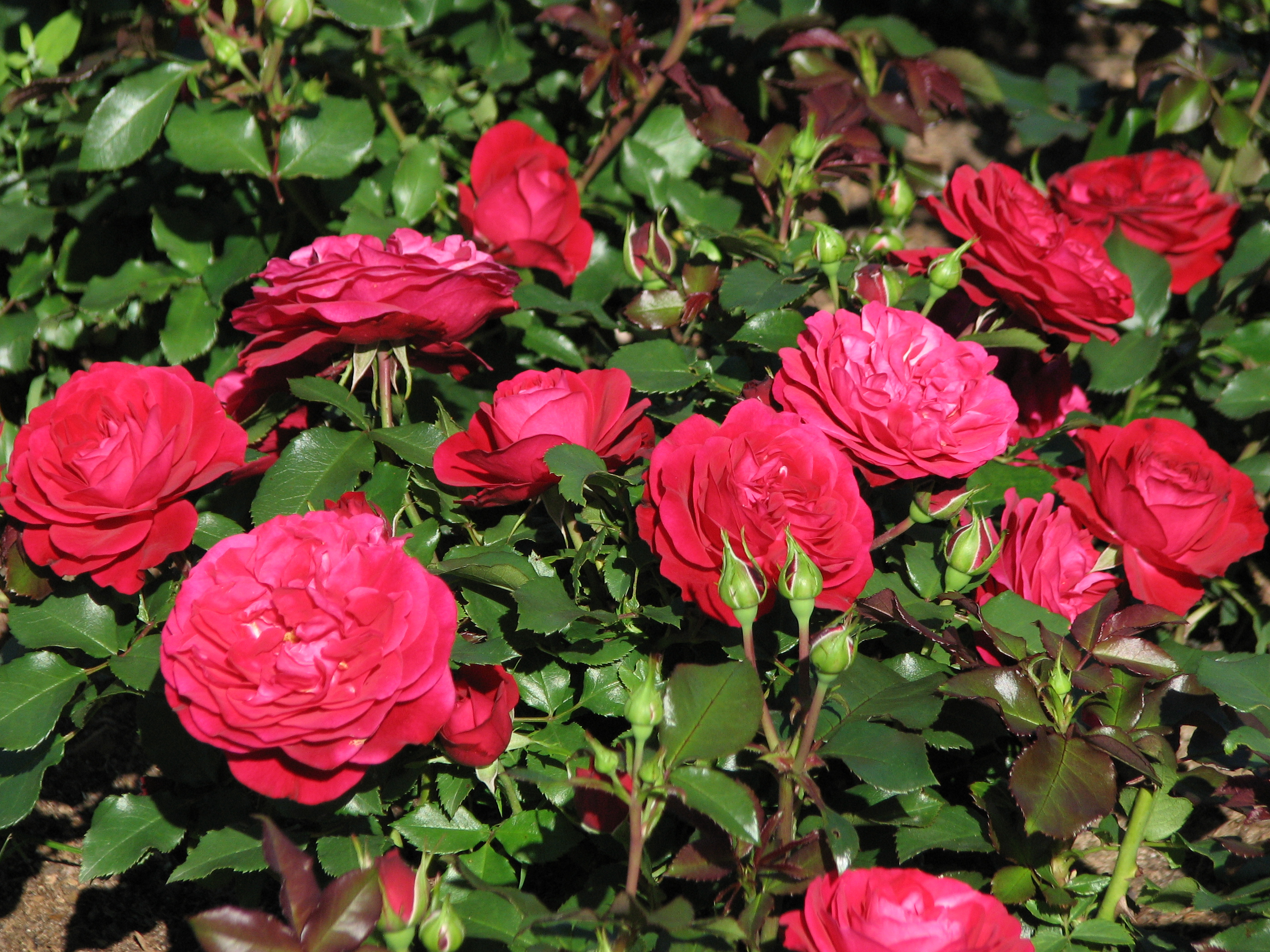
‘Mona Lisa’, Meilland, 2003
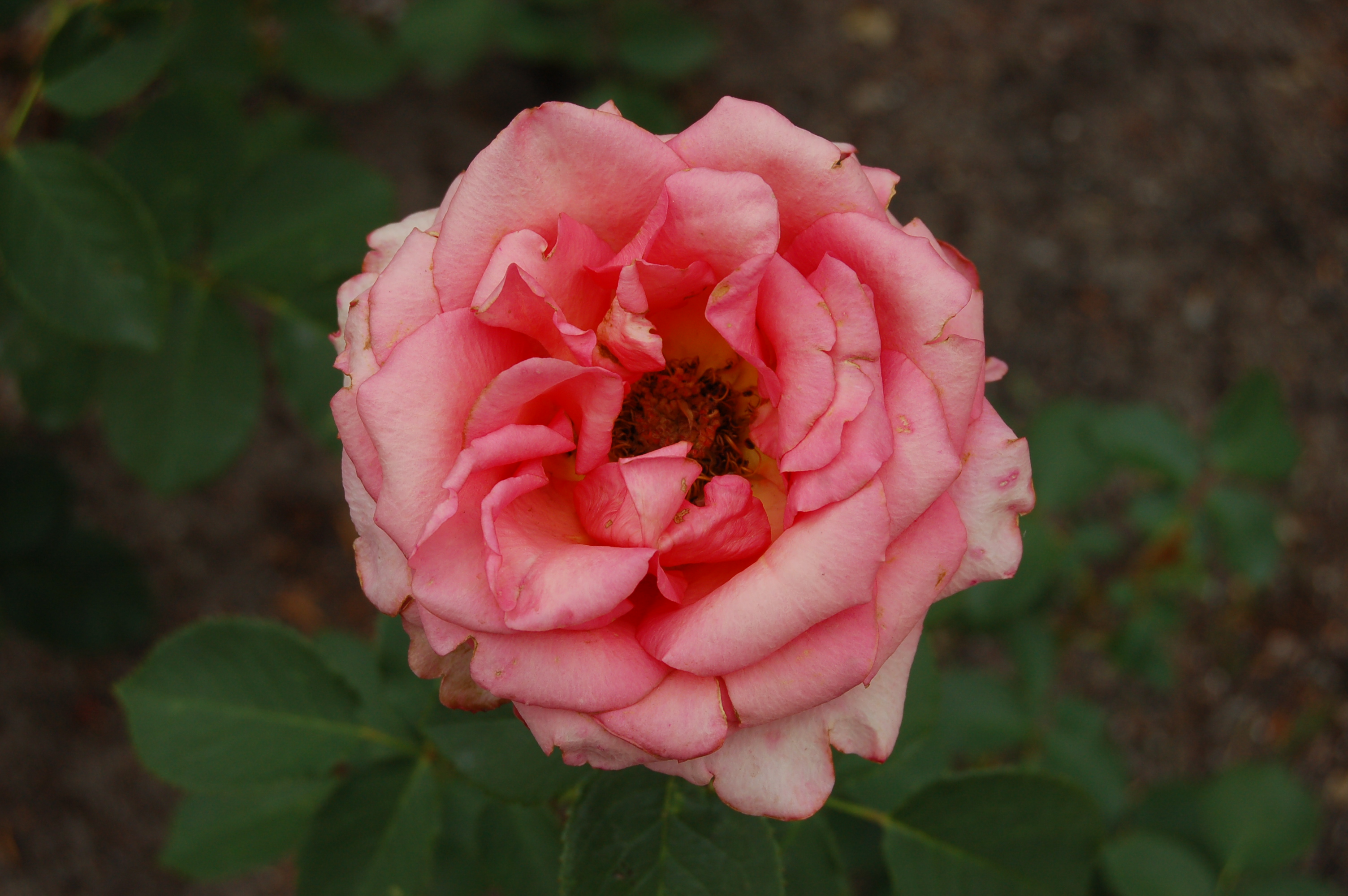
‘Mondiale’, Kordes, 1993
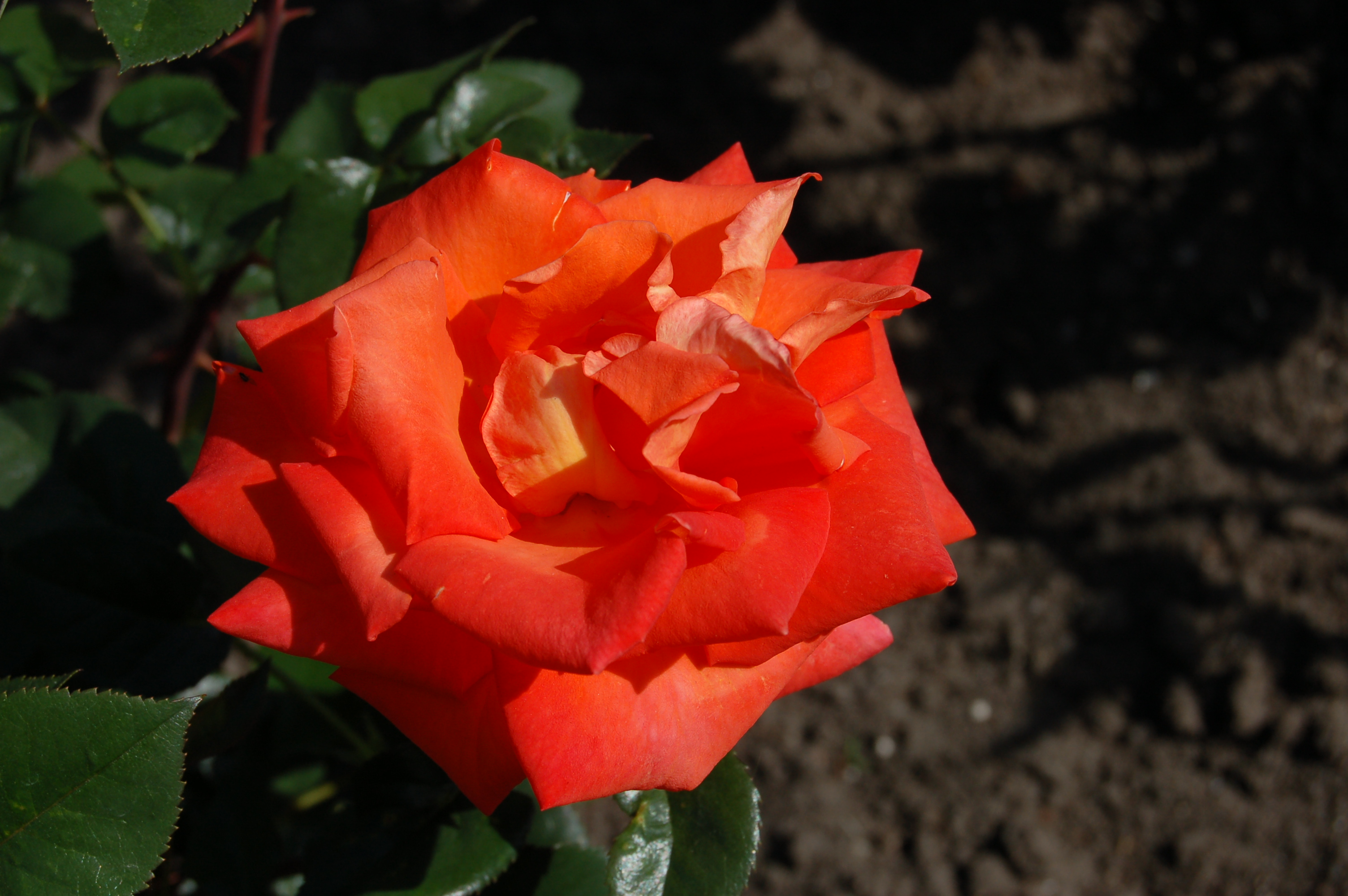
‘Monica’, Tantau, 1986
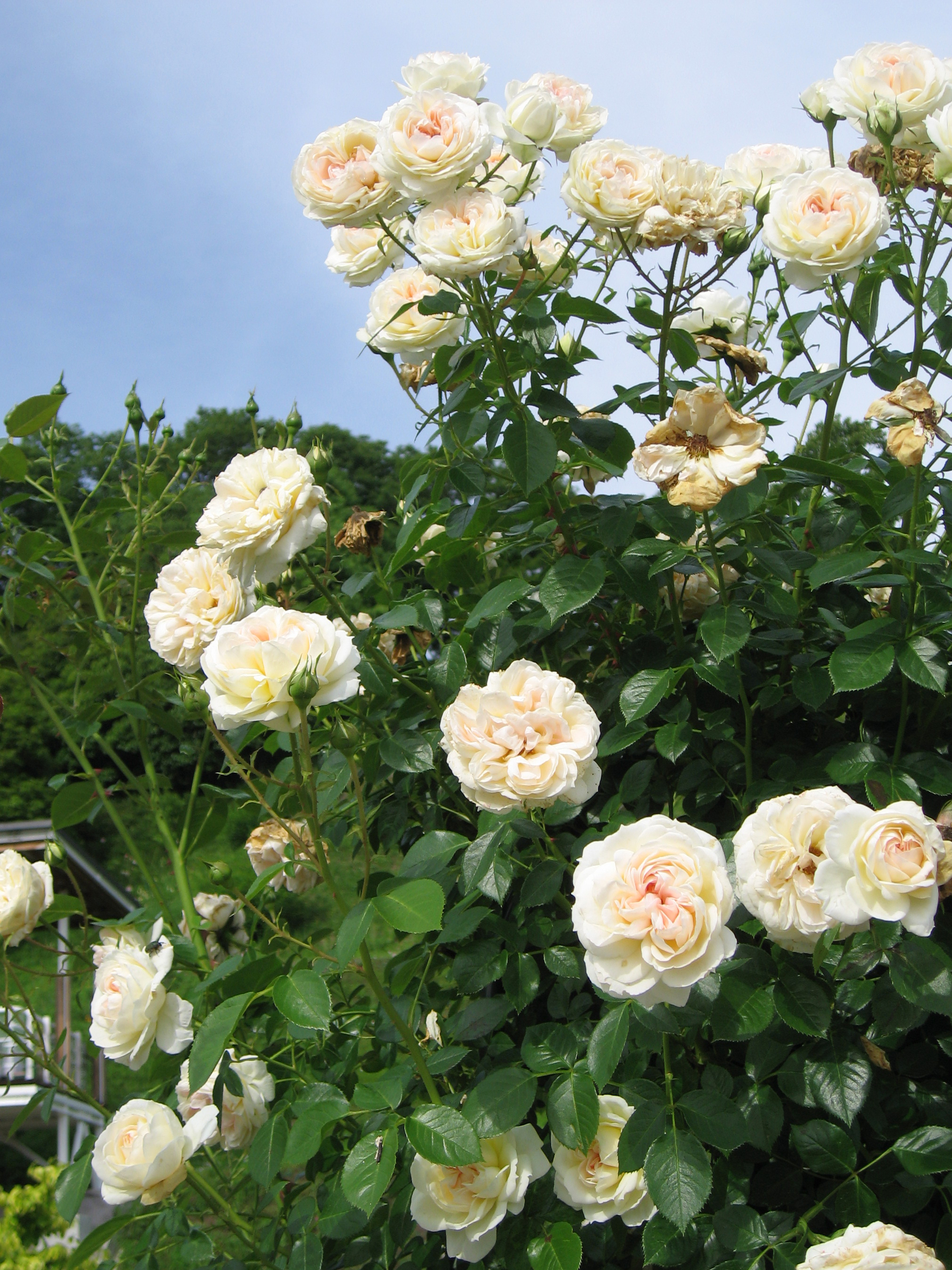
‘Mon Jardin et Ma Maison’, Meilland, vor 1998
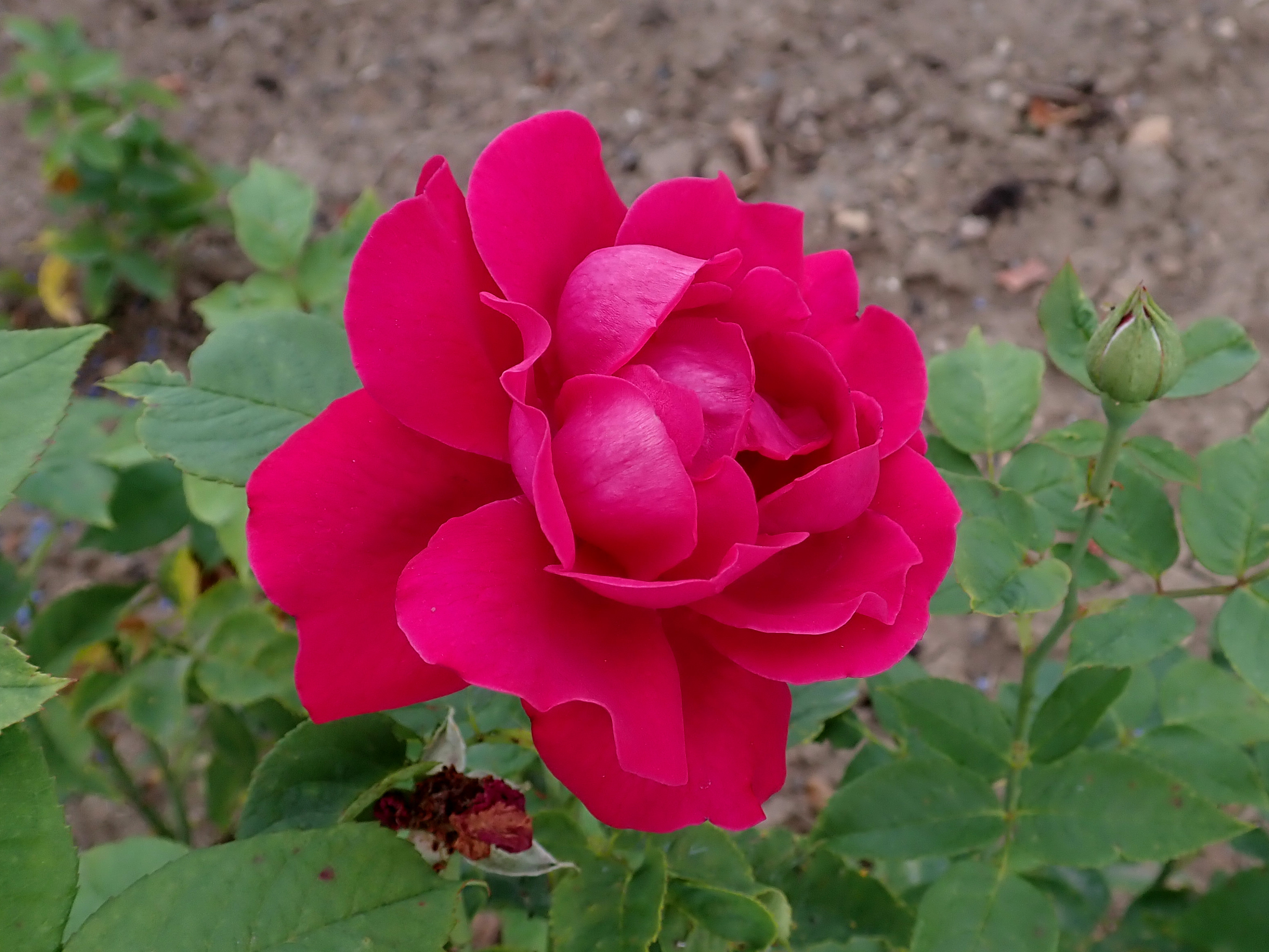
‘Monsieur Ernest Dupré’, Boutigny, 1904
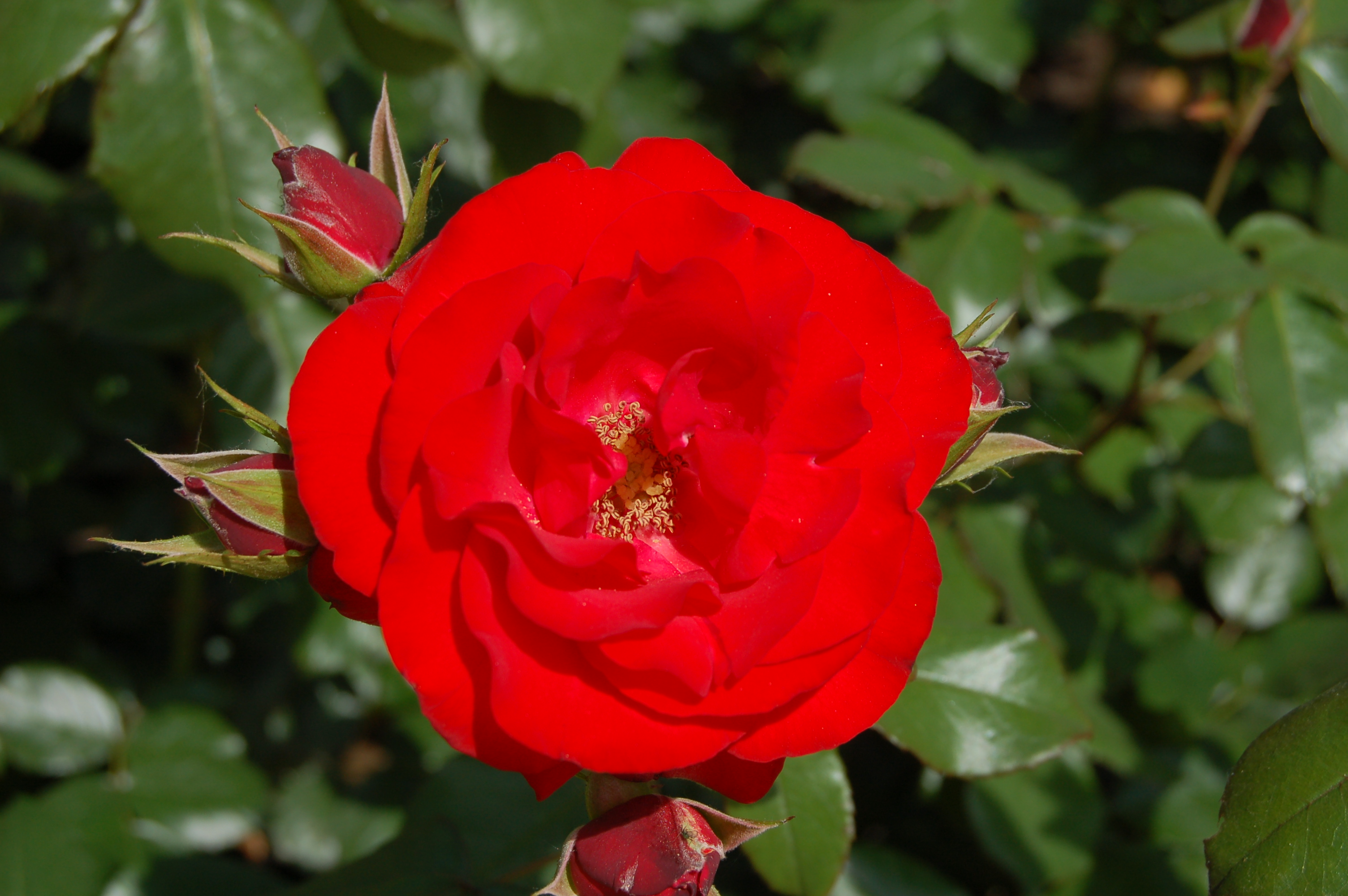
‘Montana’, M. Tantau jun., 1974
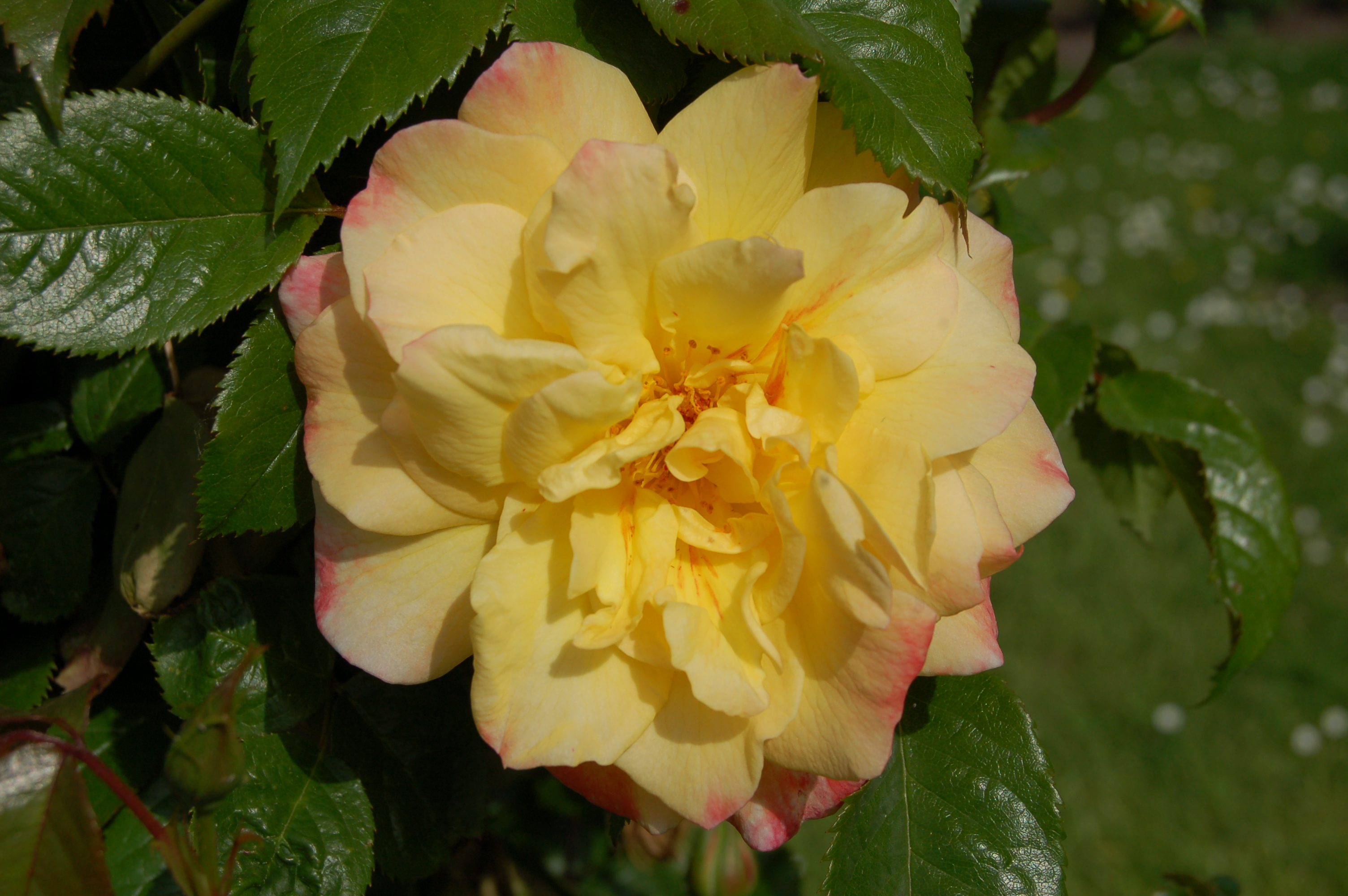
‘Moon Light’, Kordes, 2003
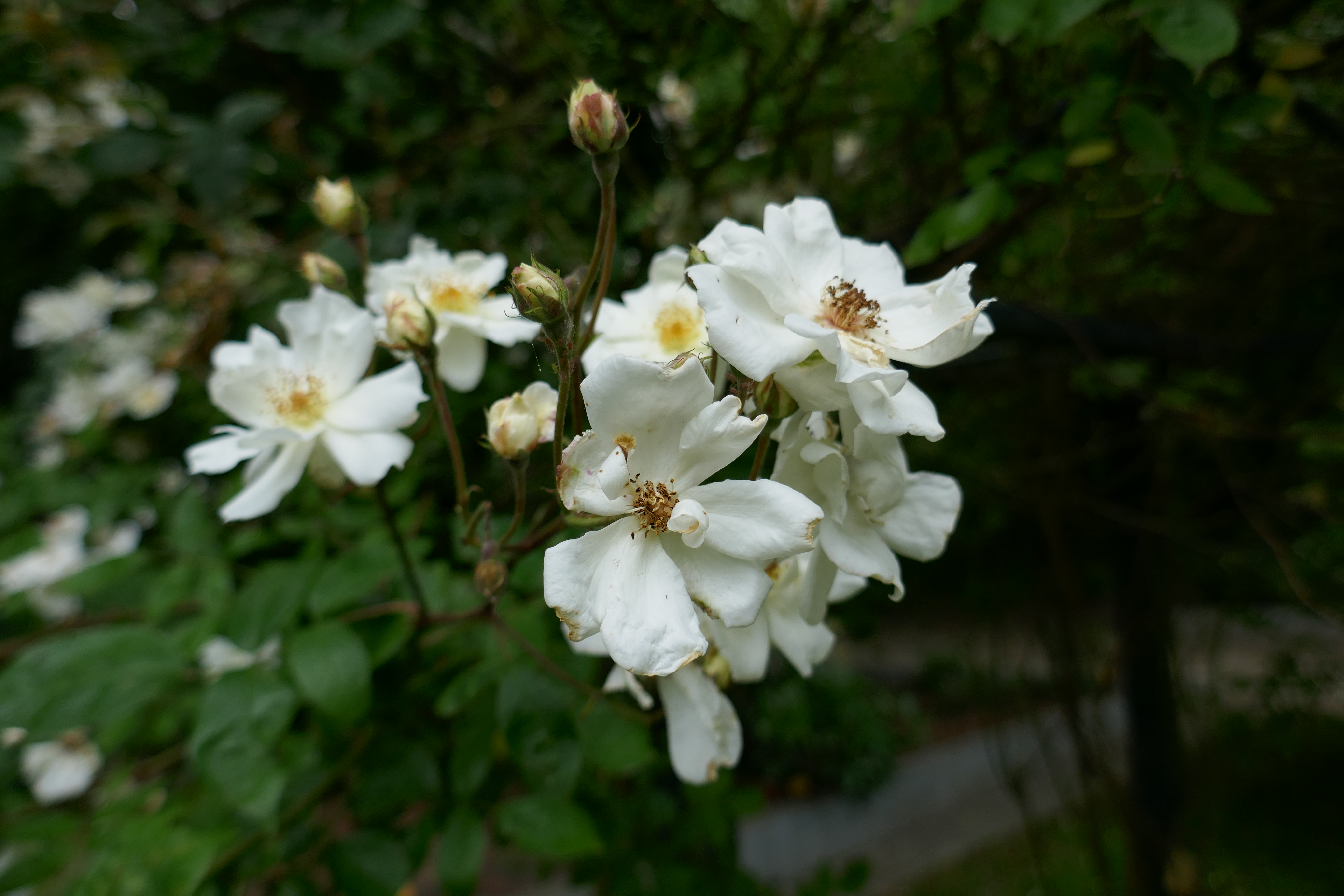
‘Moonlight’, Pemberton, 1913
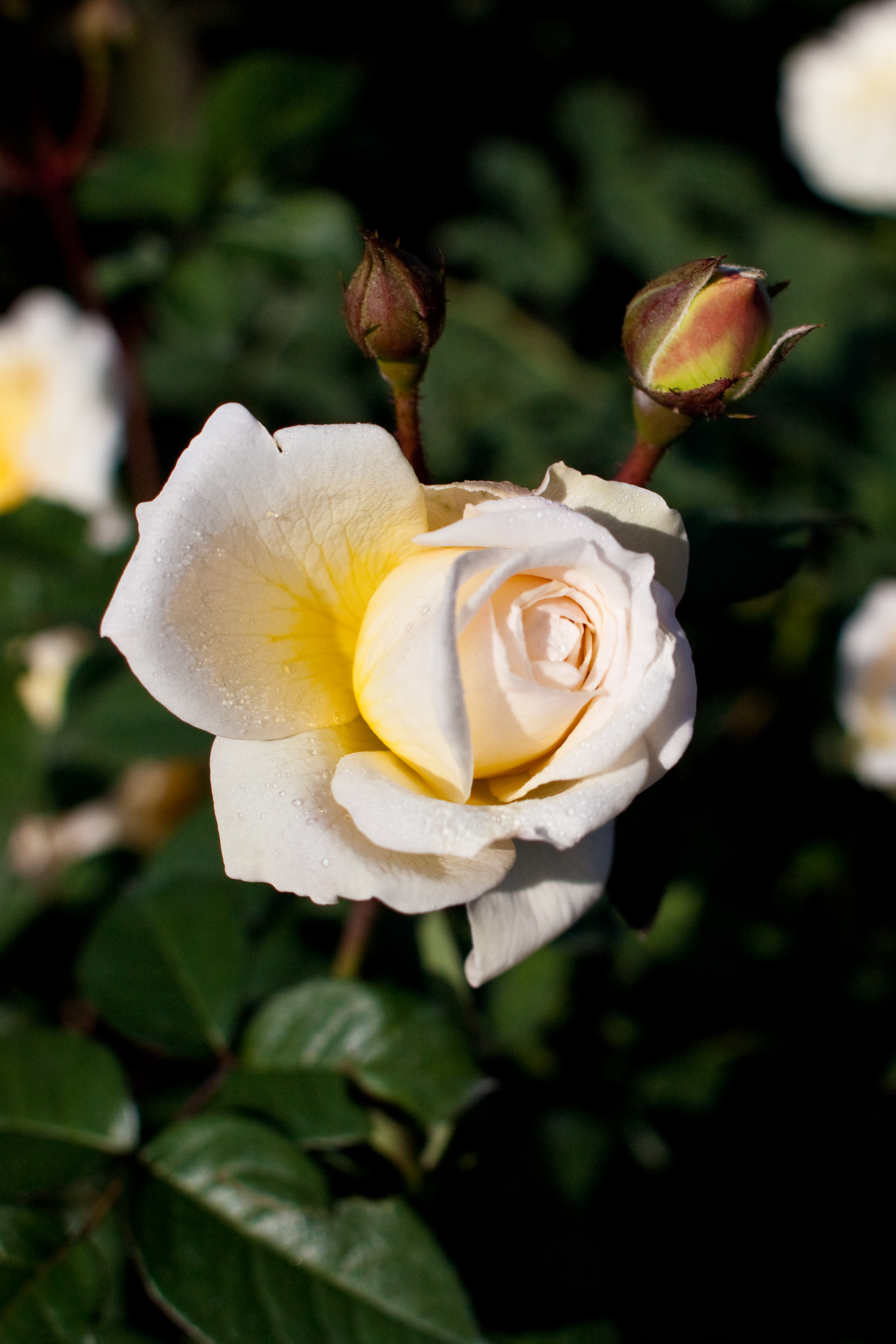
‘Moonsprite’, Herbert C. Swim, 1956
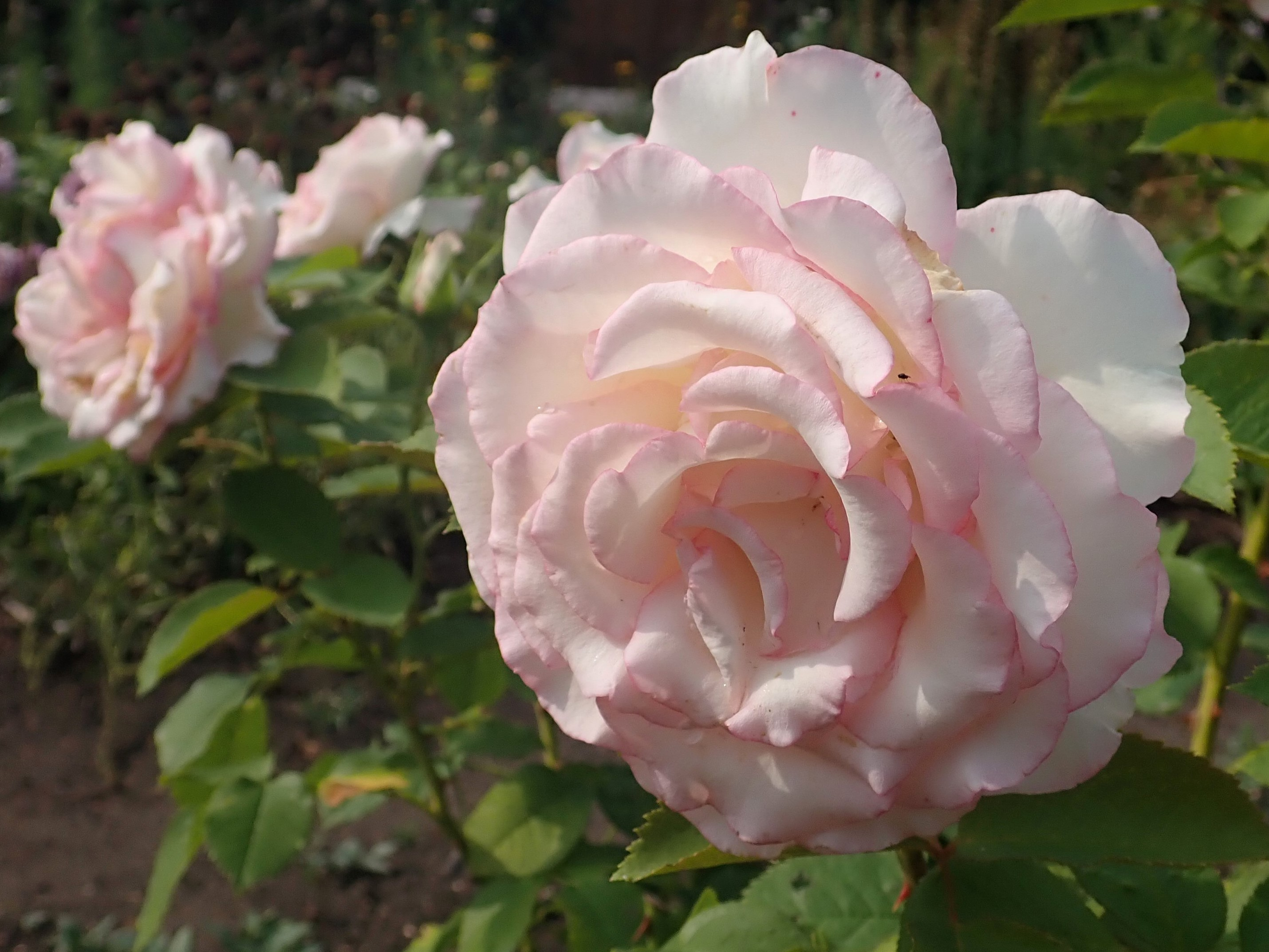
‘Moonstone’, Tom Carruth, 1998
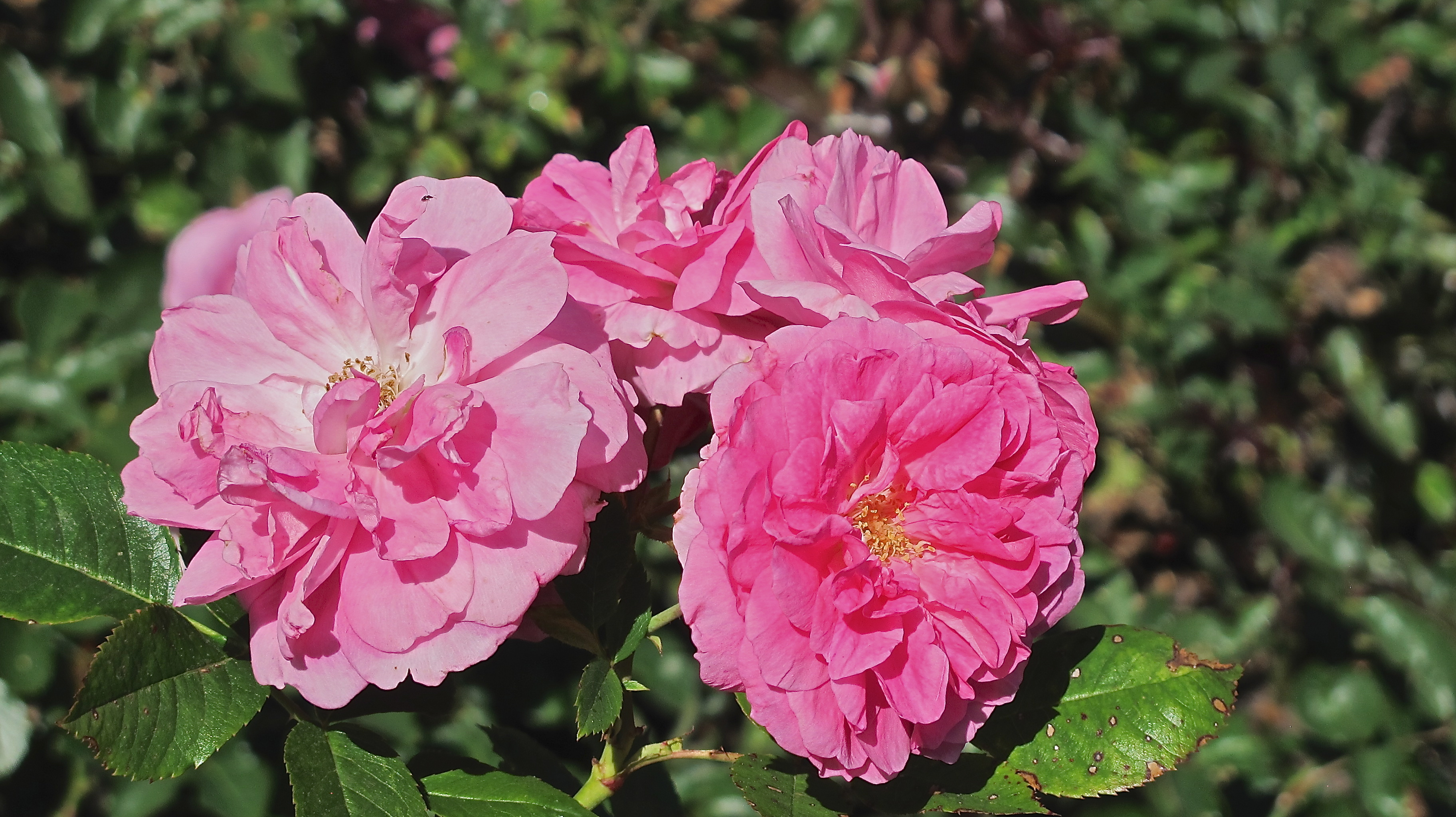
‘Morden Centennial’, Henry H. Marshall, 1972
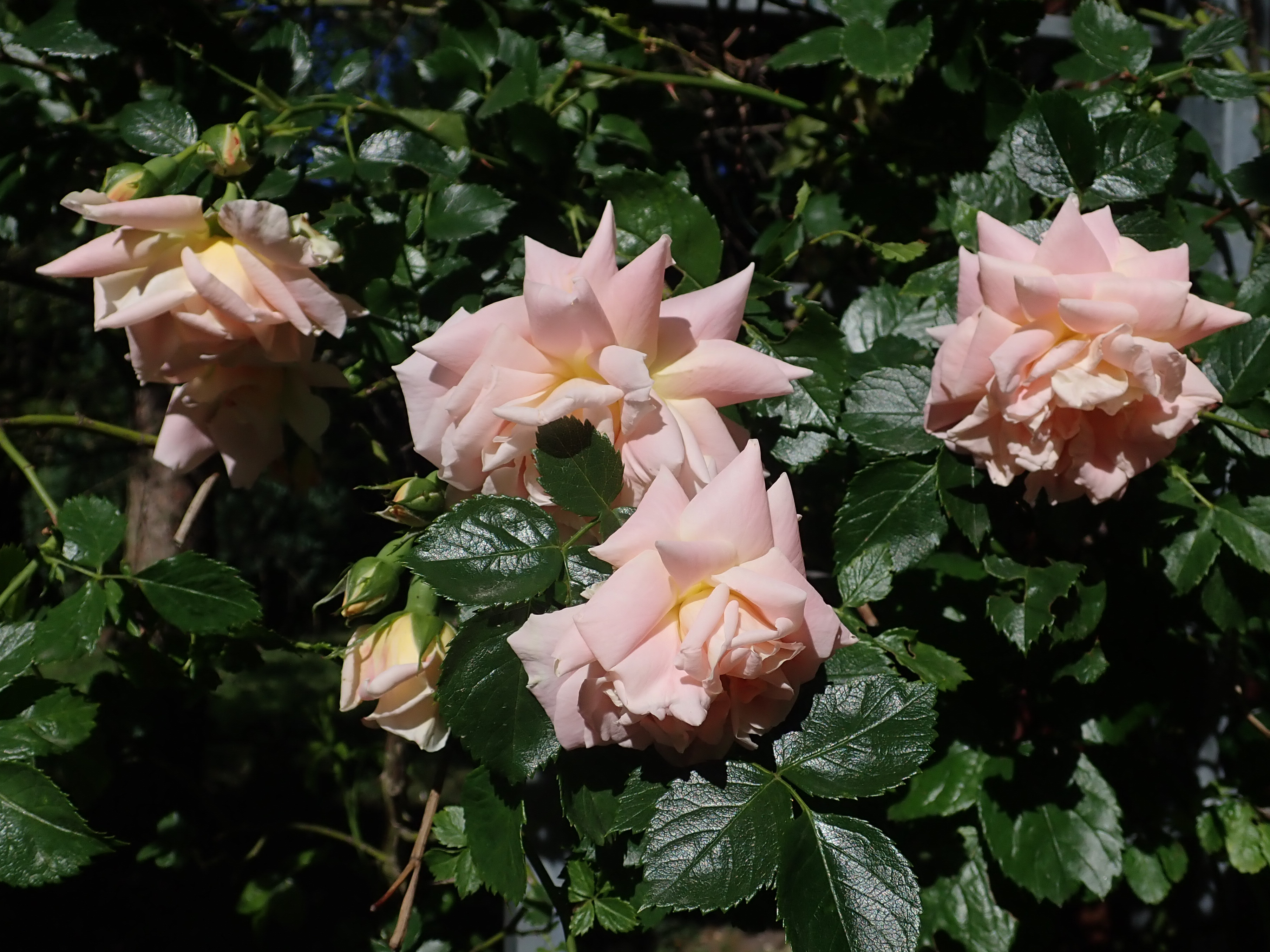
‘Morgengruß’, Kordes, 1962
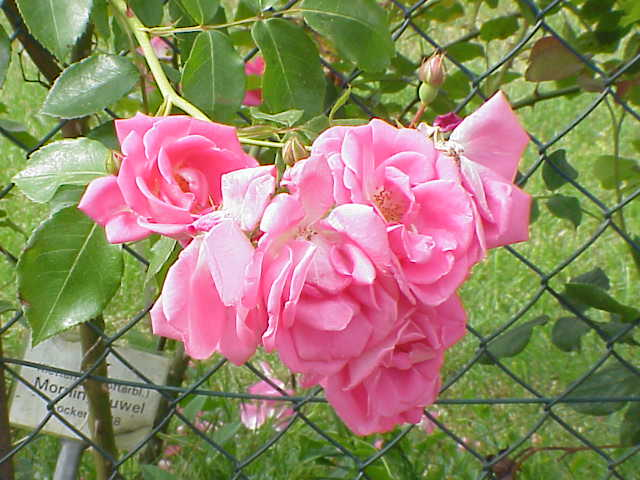
‘Morning Juwel’, Cocker, 1968
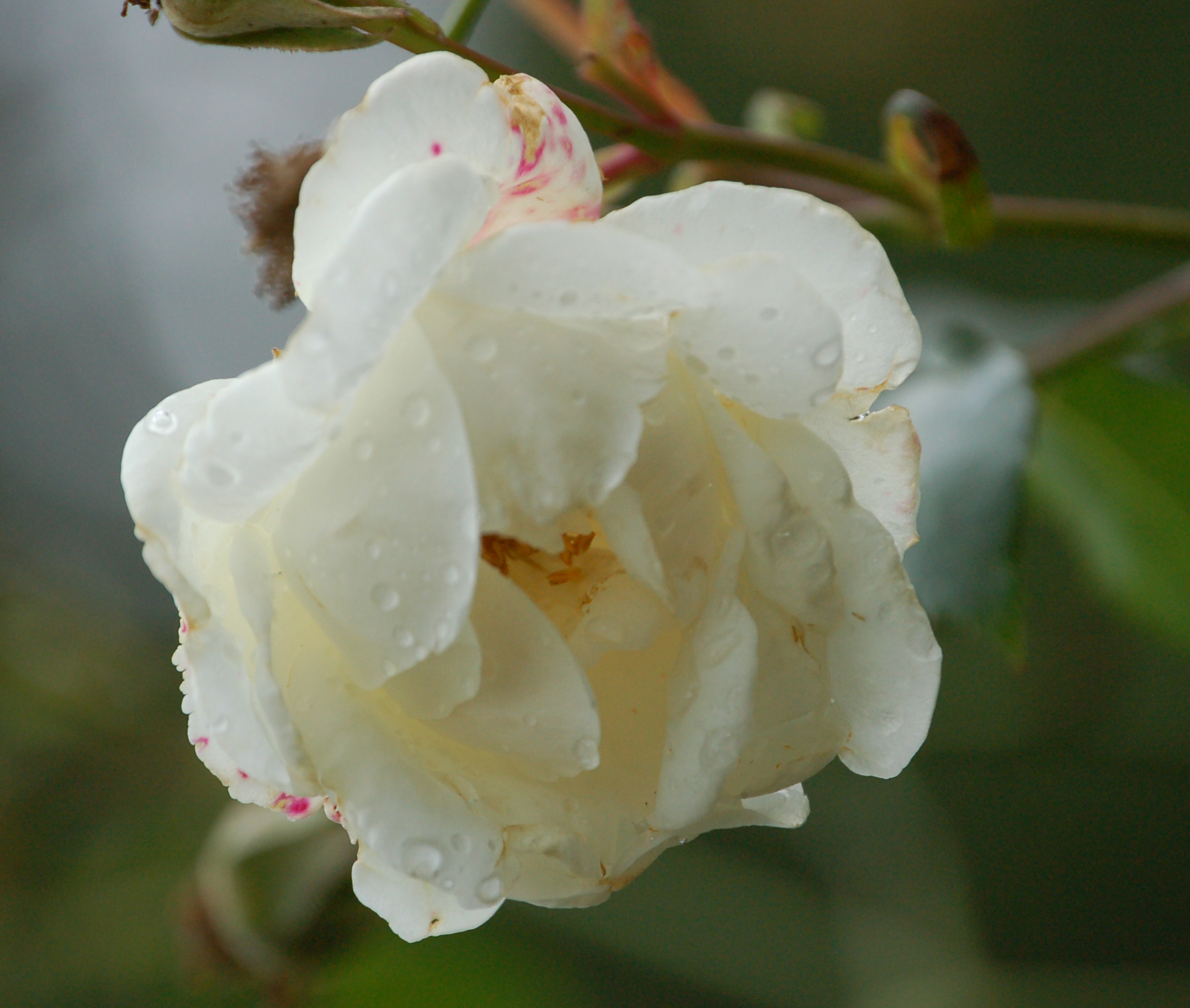
‘Morning Star’, Jacobus, 1949
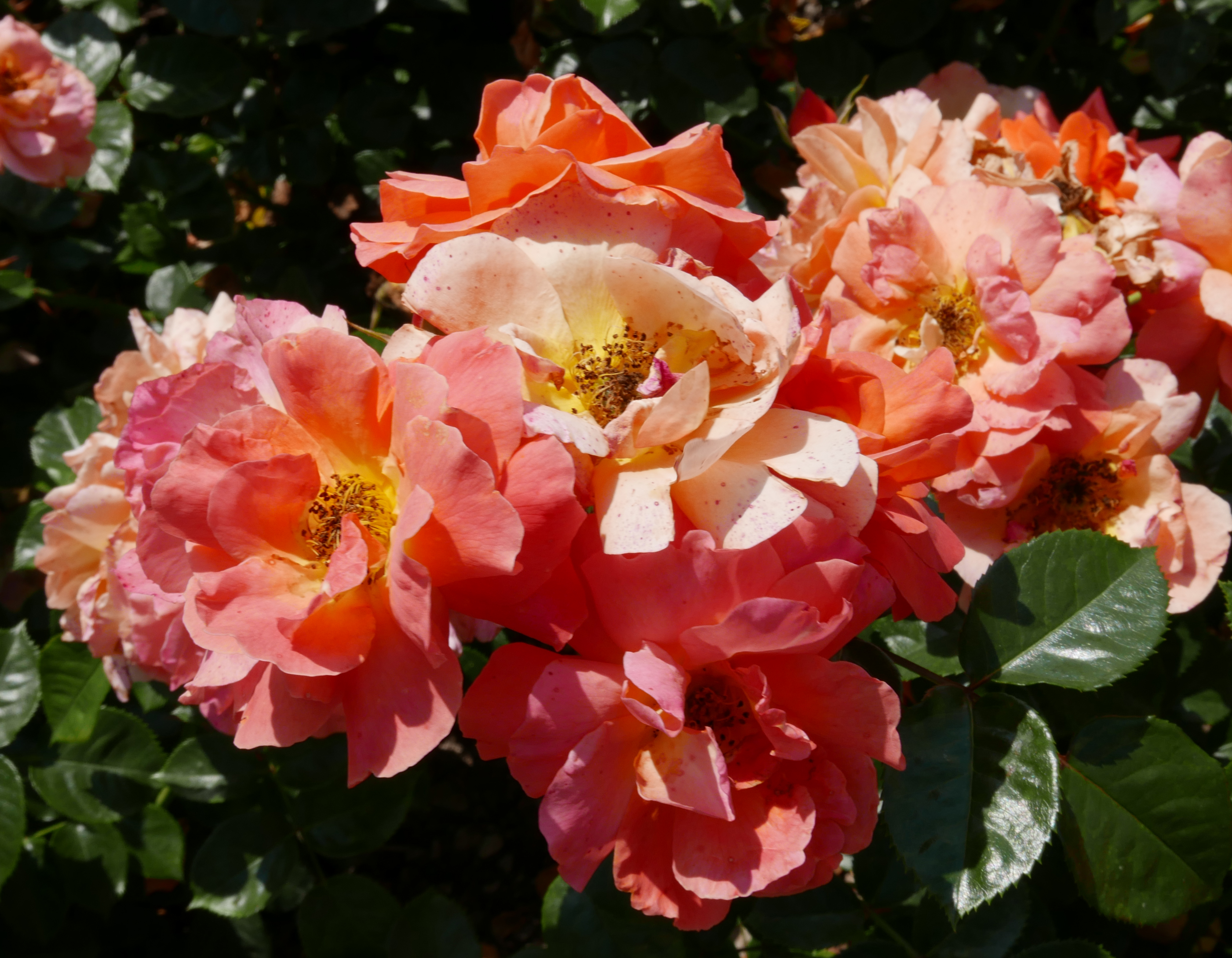
‘Morning Sun’, Tantau, 2016
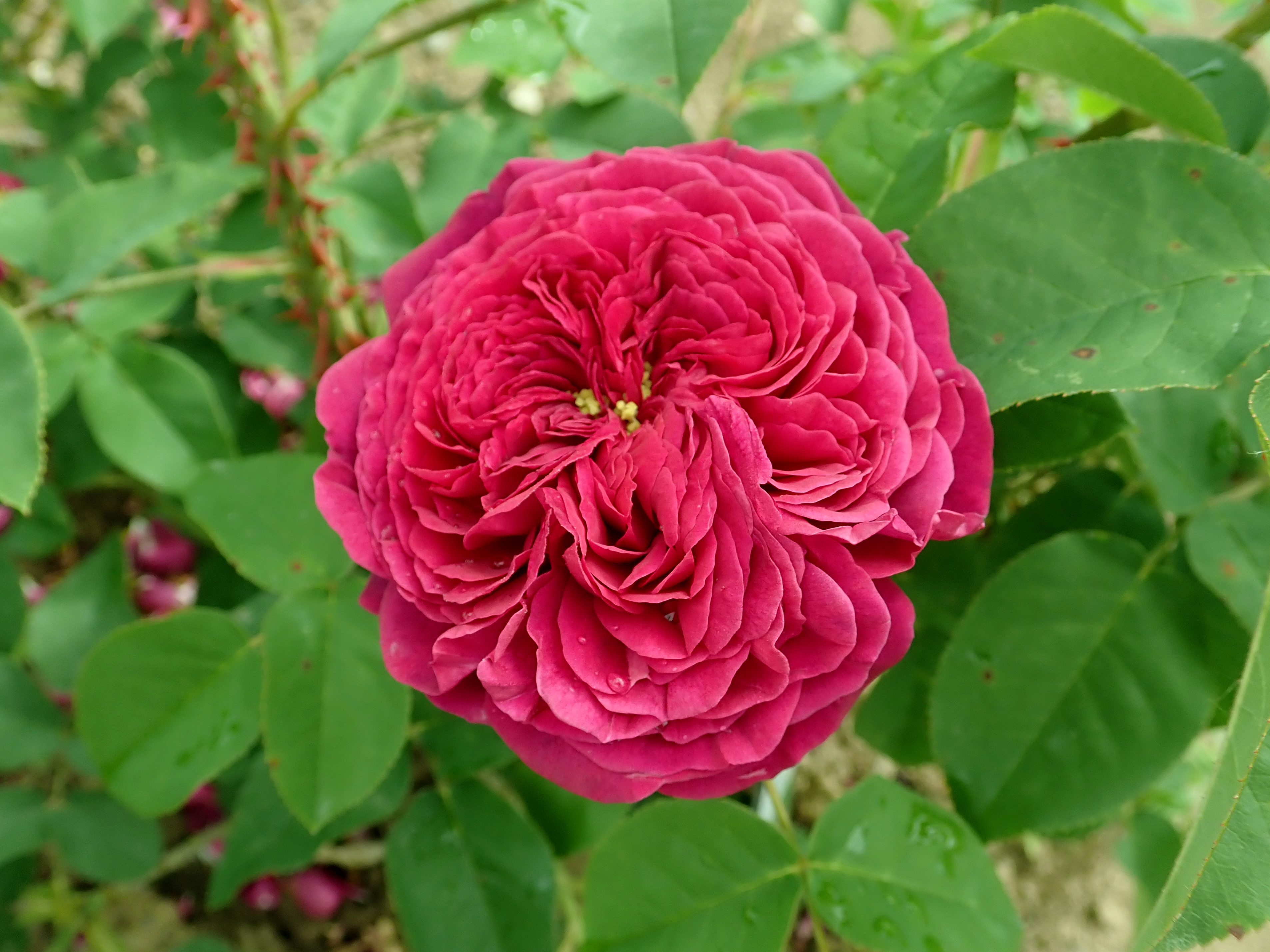
‘Mortalisatis’, Davide Dalla Libera/Novaspina, 2014
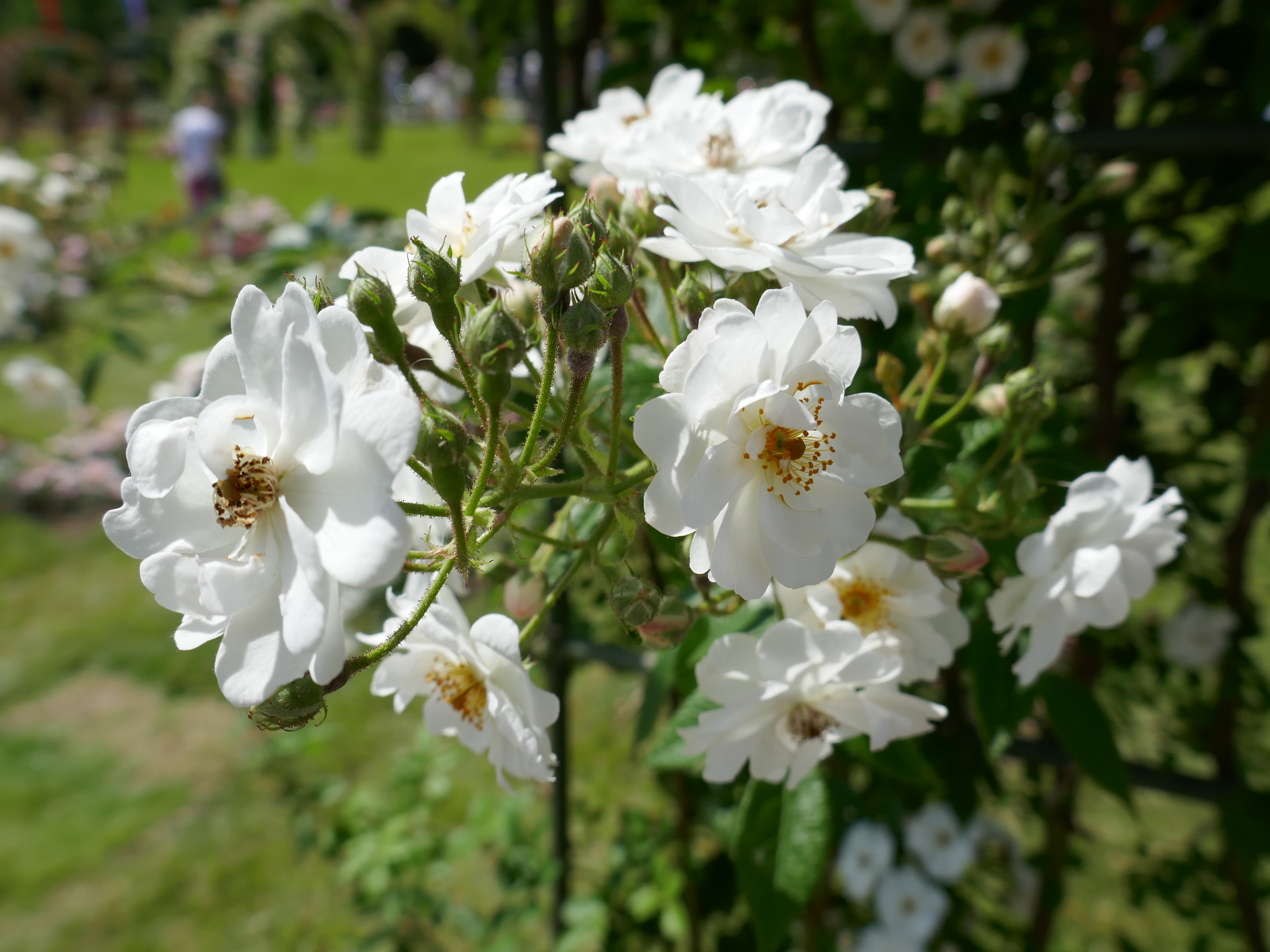
‘Moscalbò’, Novaspina, 2011
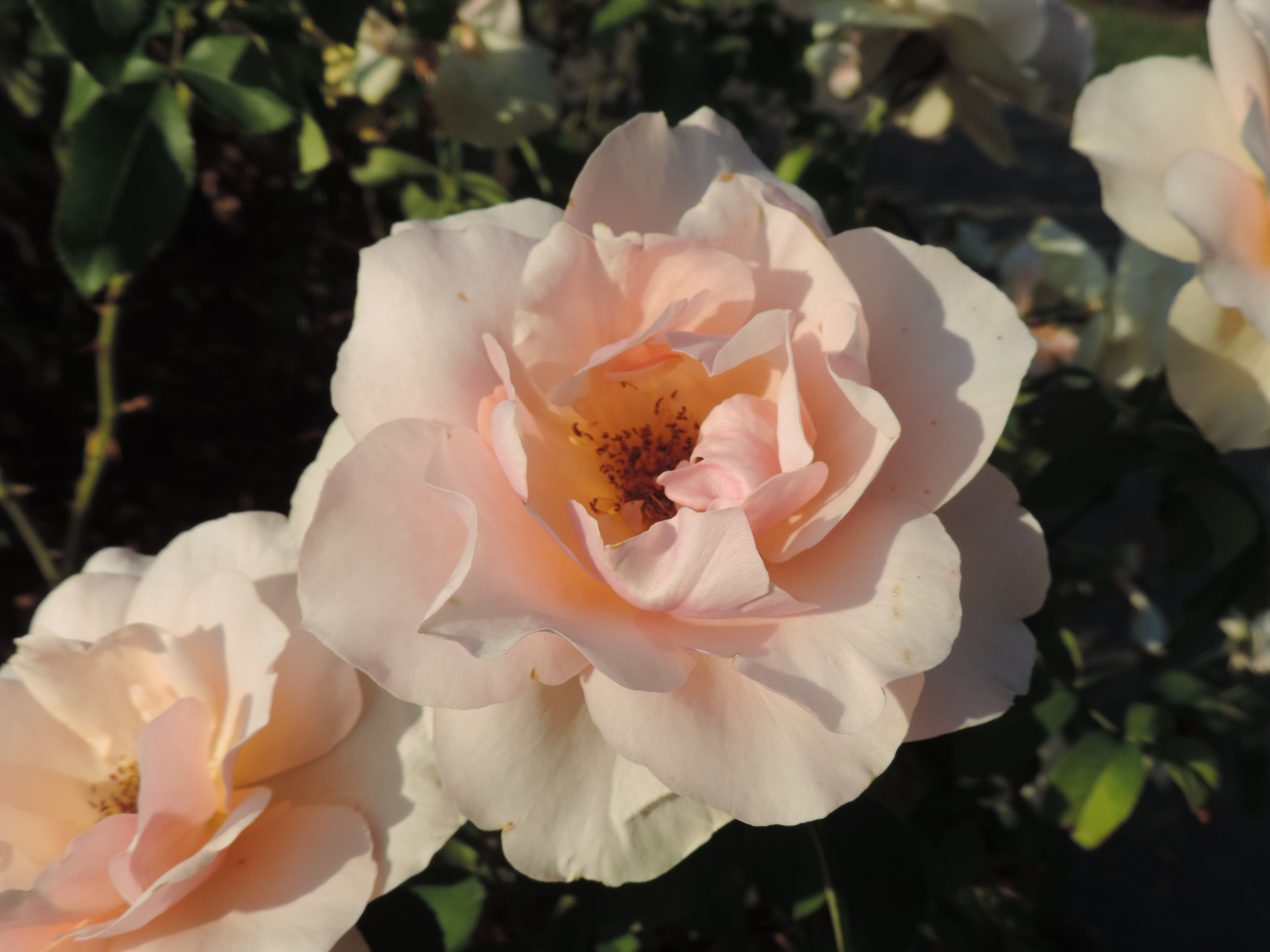
‘Mother of Pearl’, Meilland, 2006
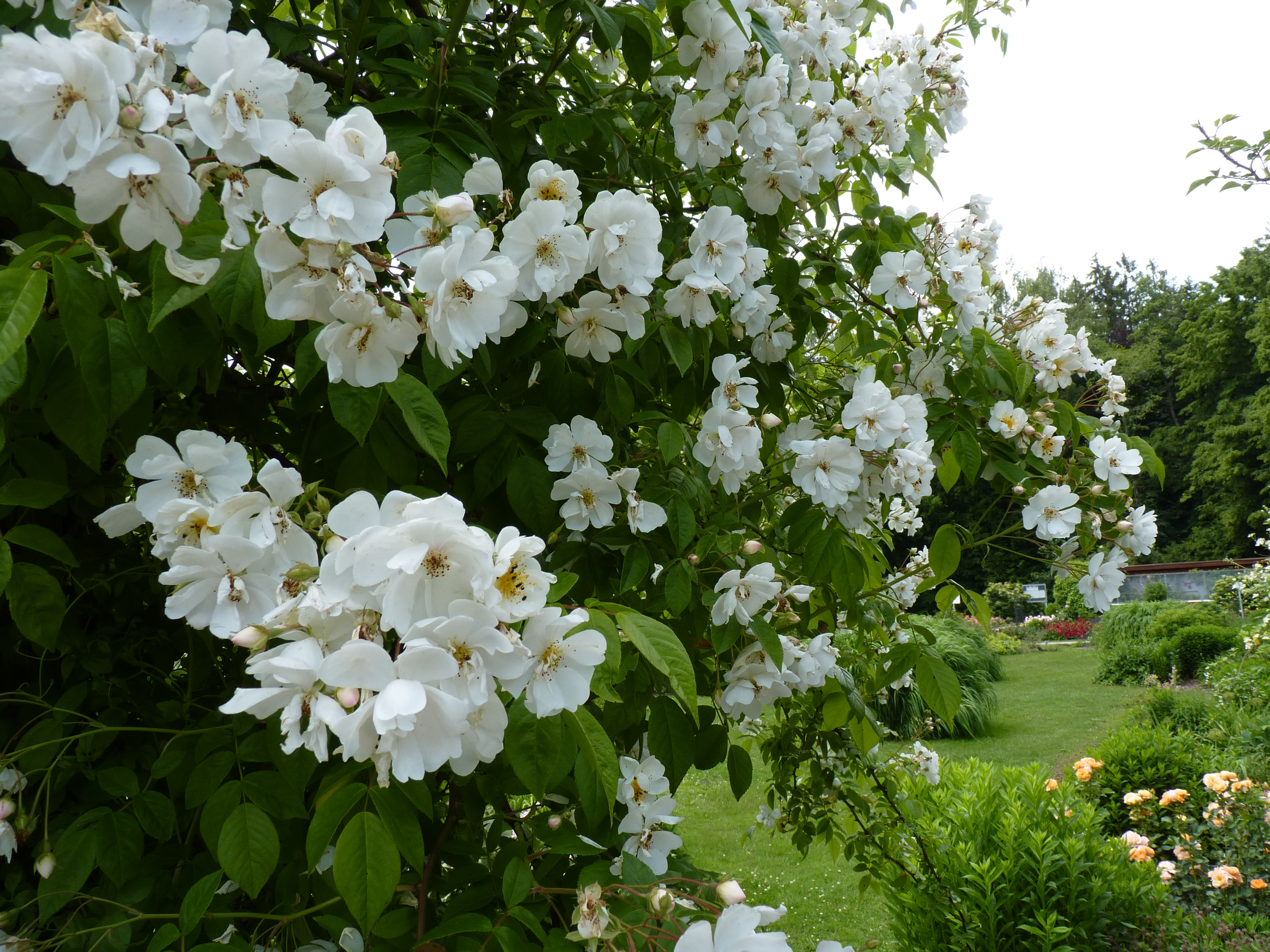
‘Mountain Snow’, Austin, 1985
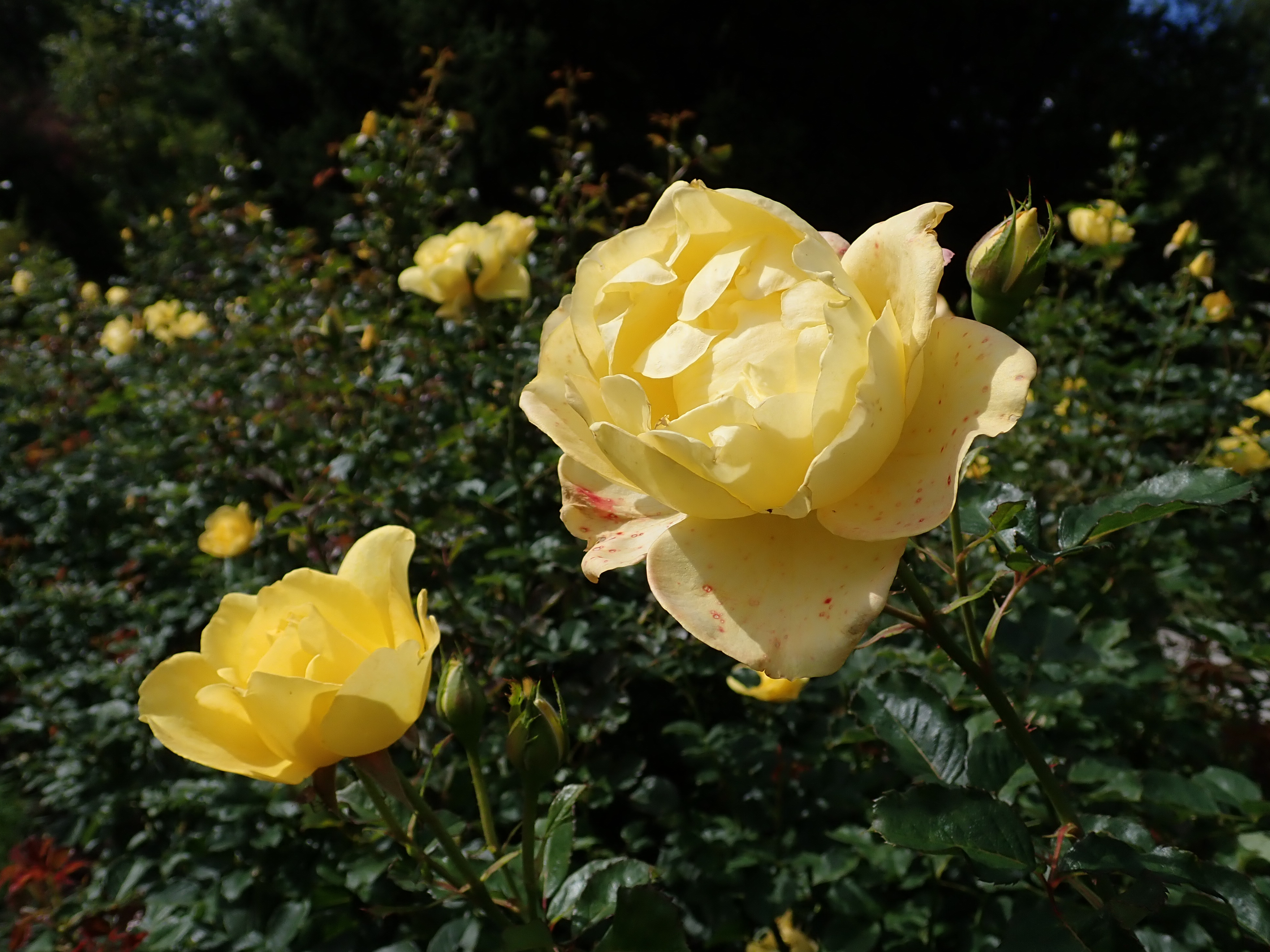
‘Mountbatten’, Harkness, vor 1977
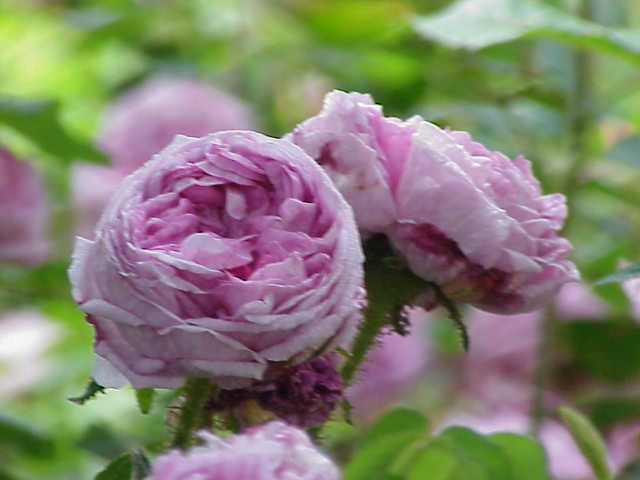
‘Mousseux Ancien’, Vibert, 1825
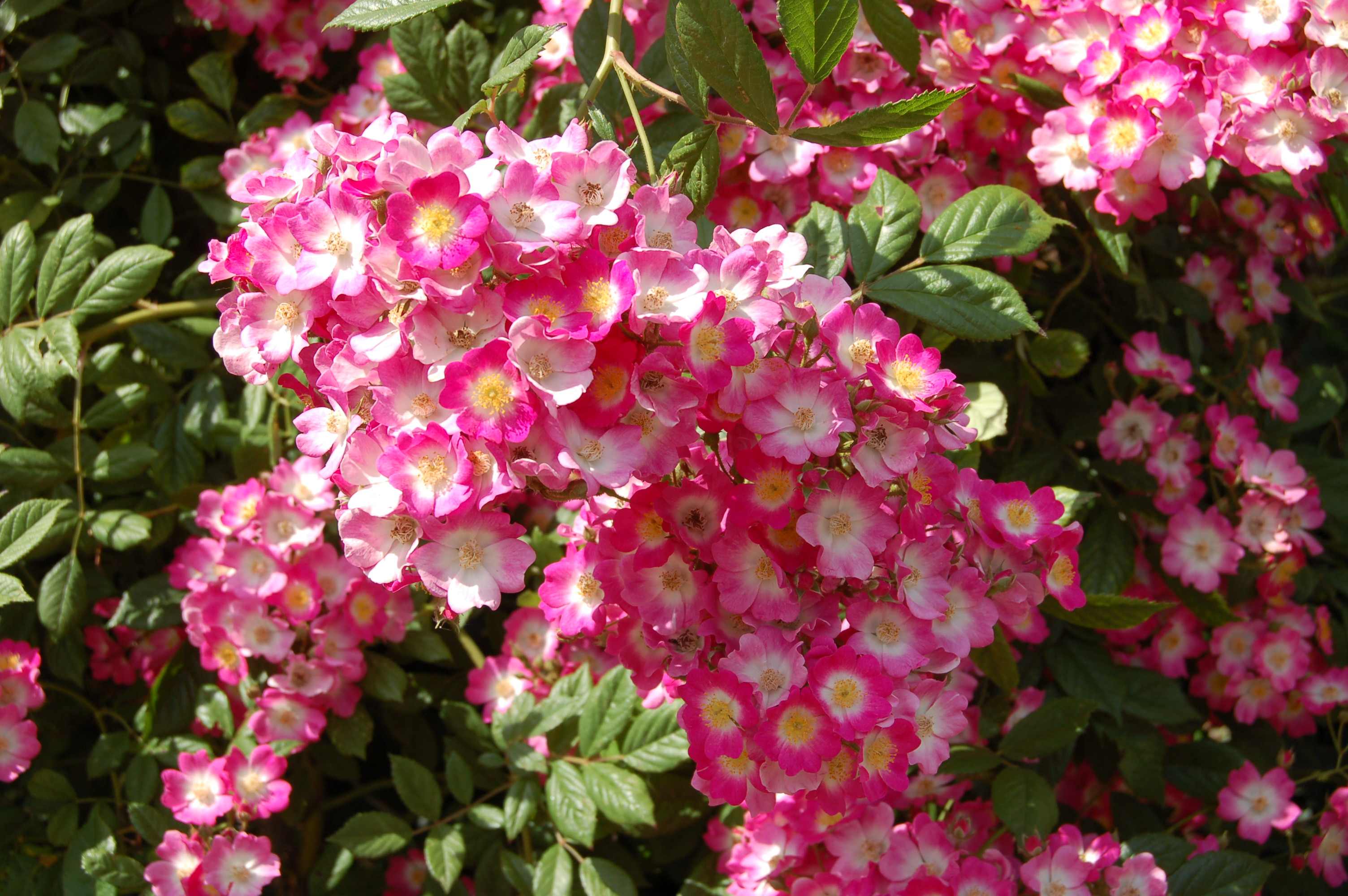
‘Mozart’, Lambert, 1937
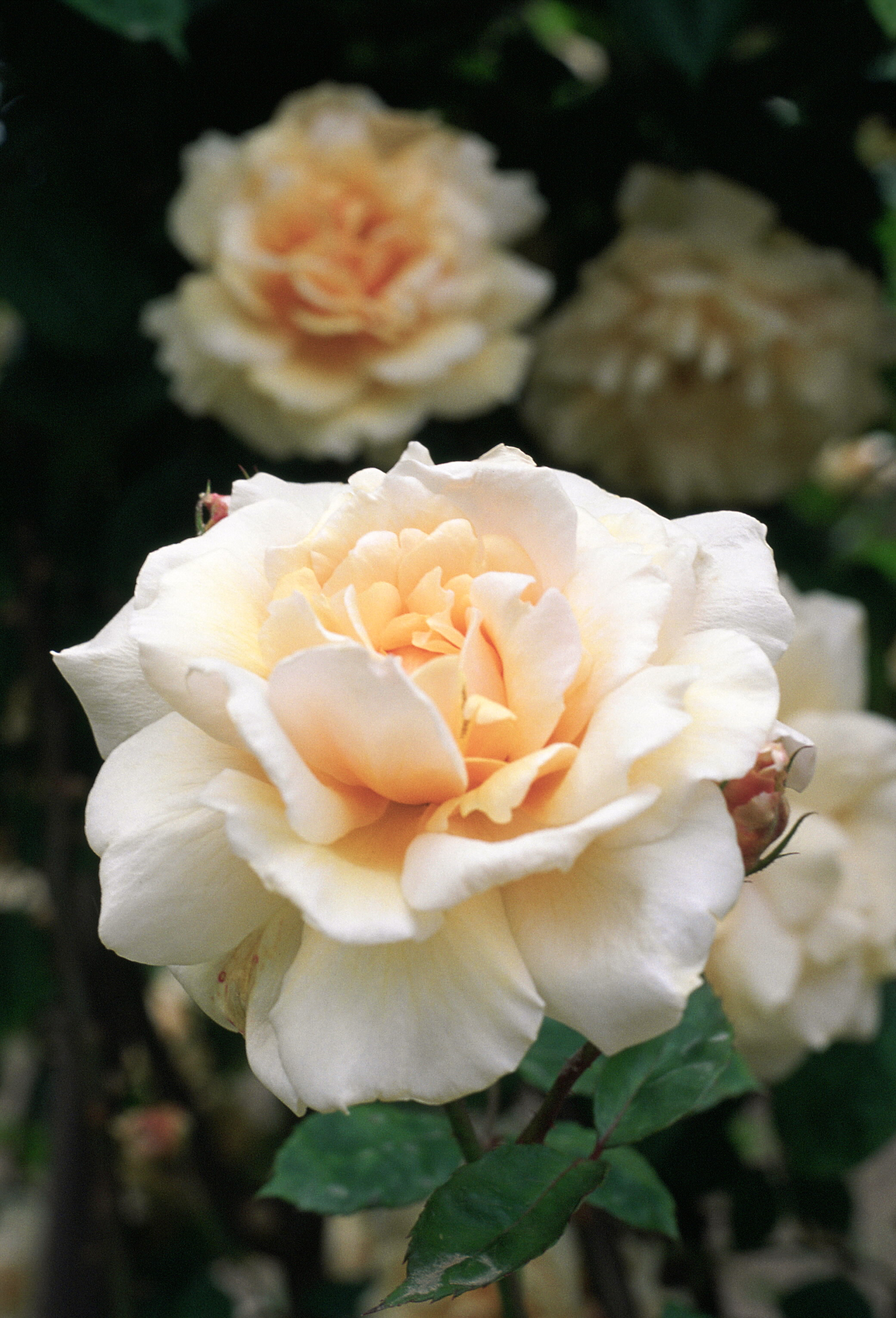
‘Mrs. Aaron Ward’, Pernet-Ducher, 1907
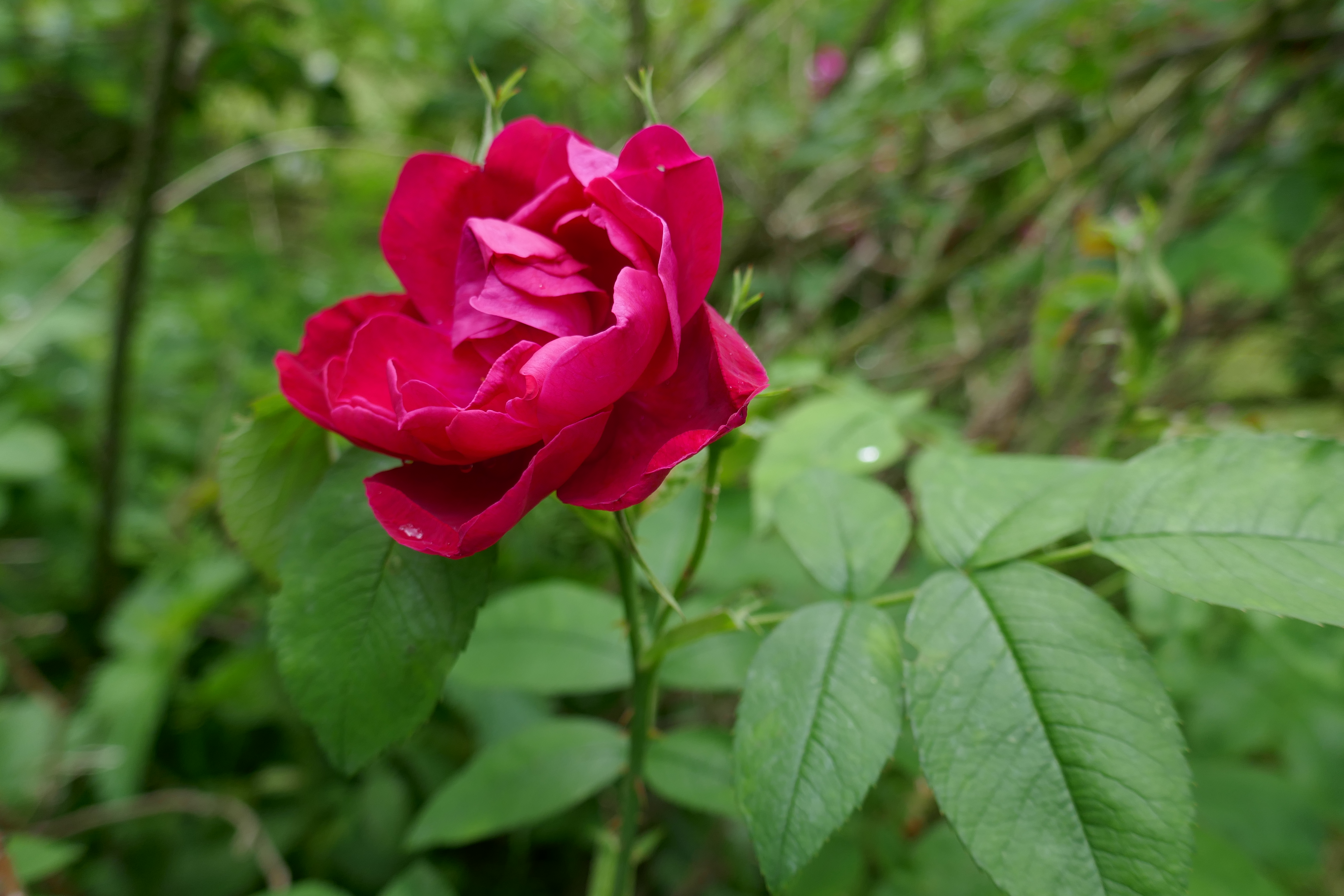
‘Mrs. Anthony Waterer’, Waterer, 1898
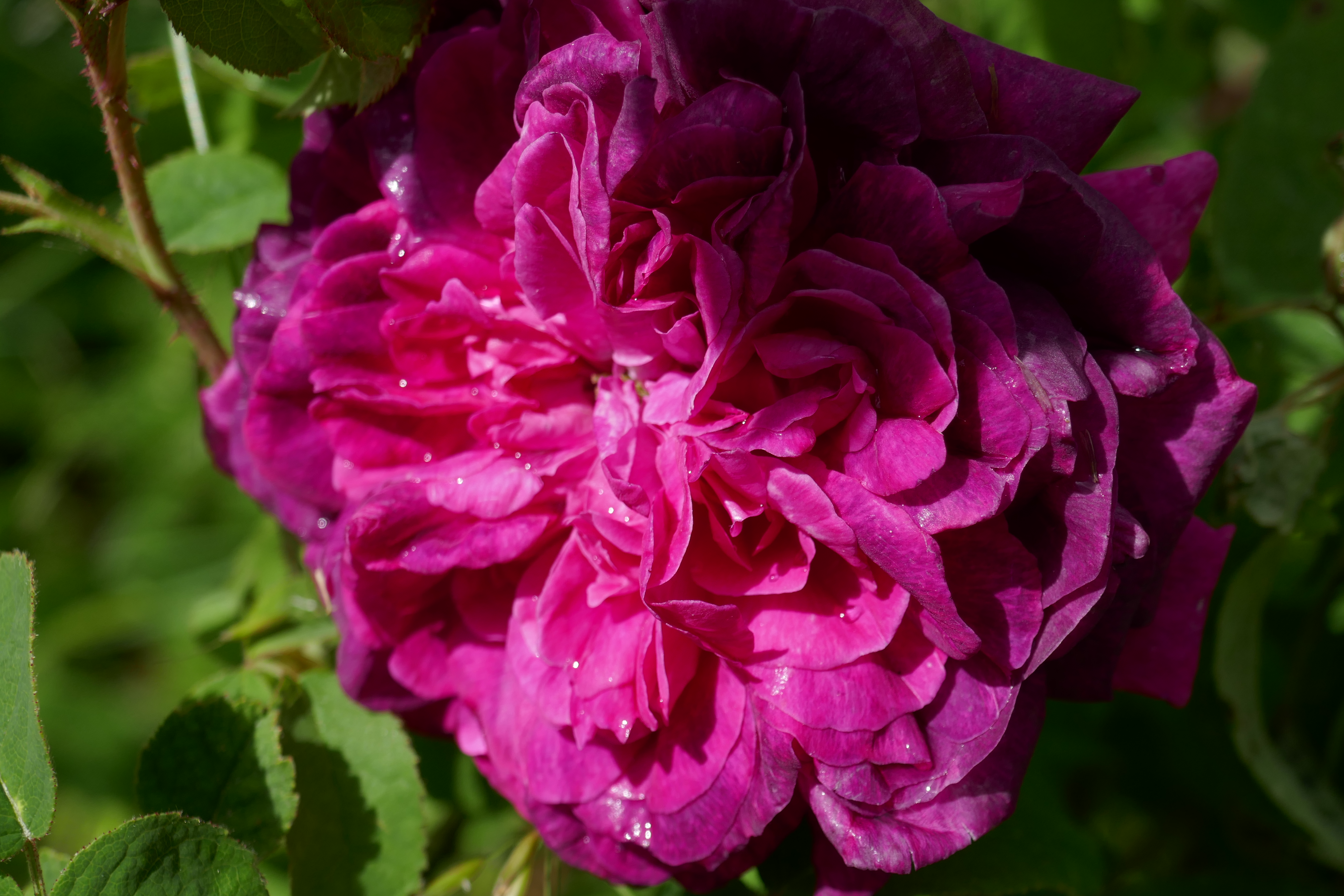
‘Mrs. Baker’, Turner/Laxton, 1876
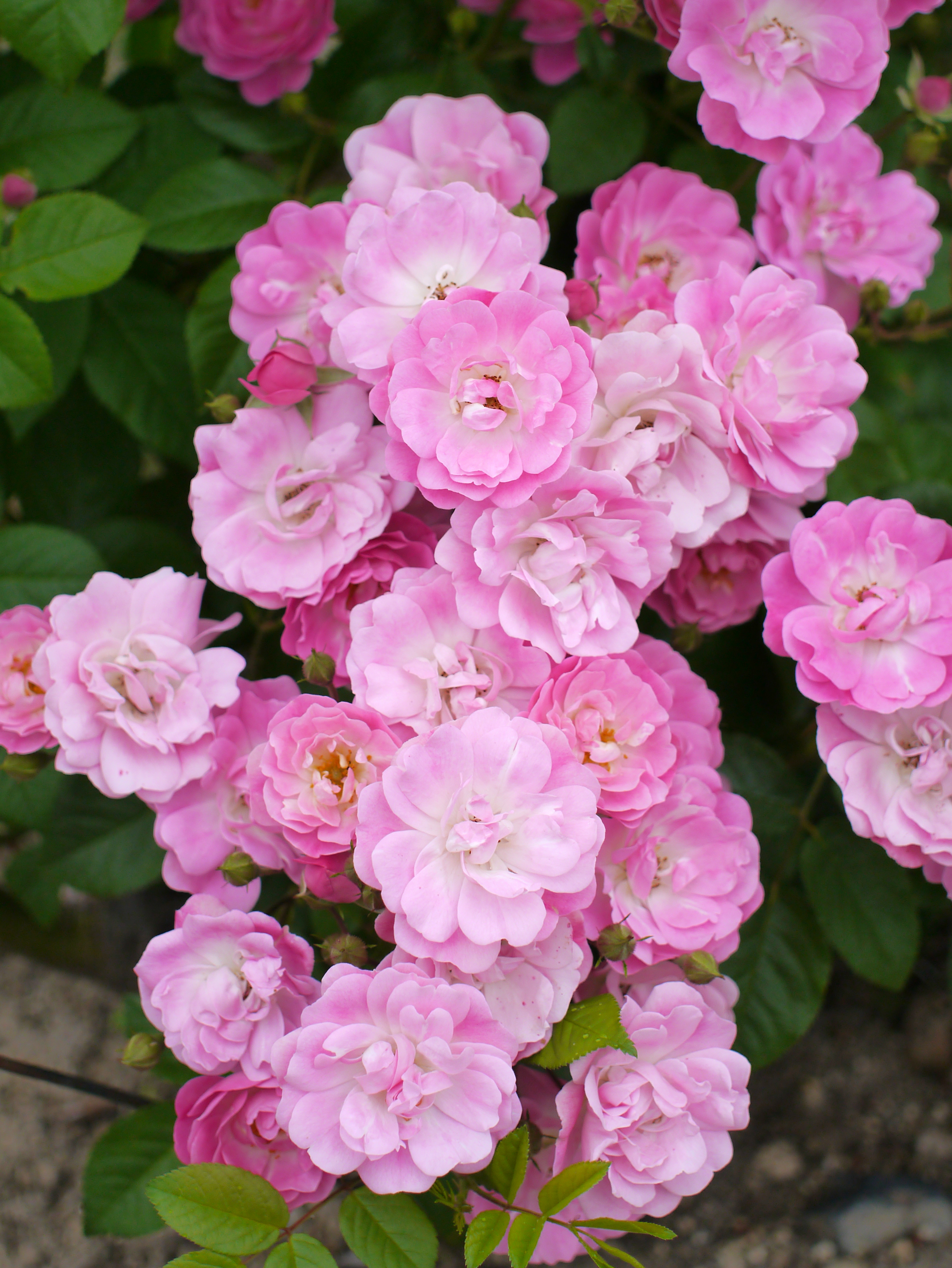
‘Mrs. F. W. Flight’, Cutbush, 1905
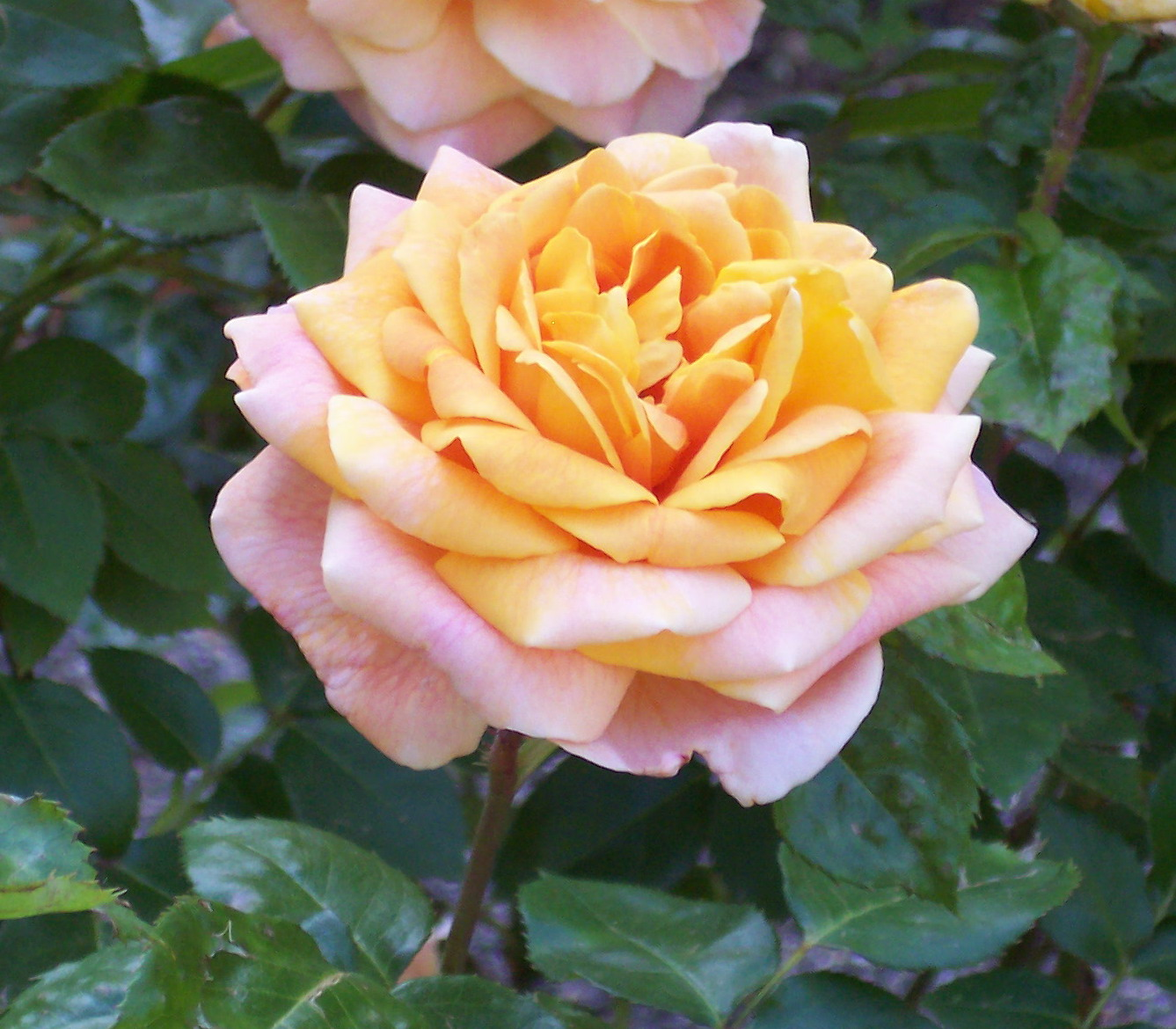
‘Mrs. G. A. van Rossem’, Van Rossem, vor 1926
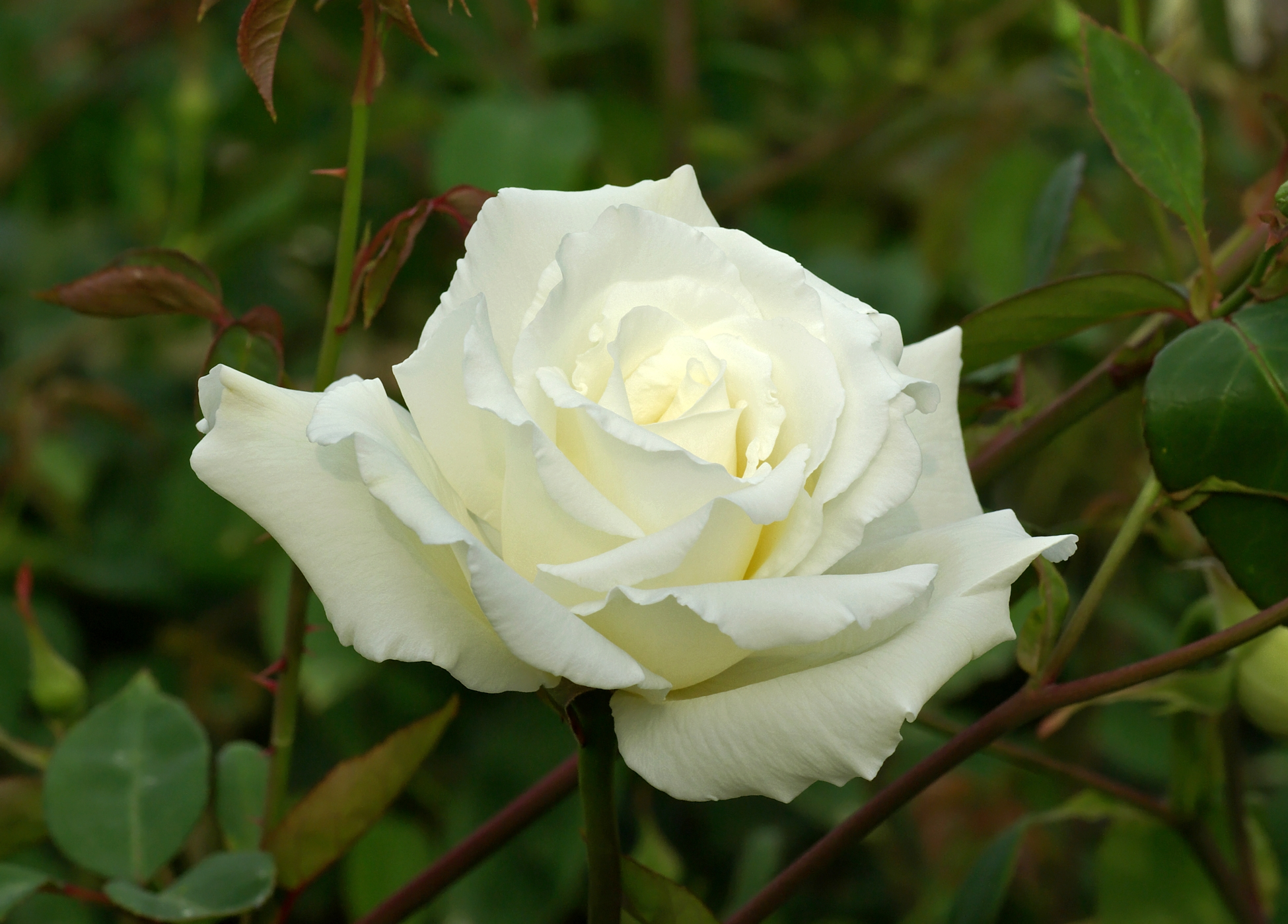
‘Mrs. Herbert Stevens’, Samuel McGredy II, 1910
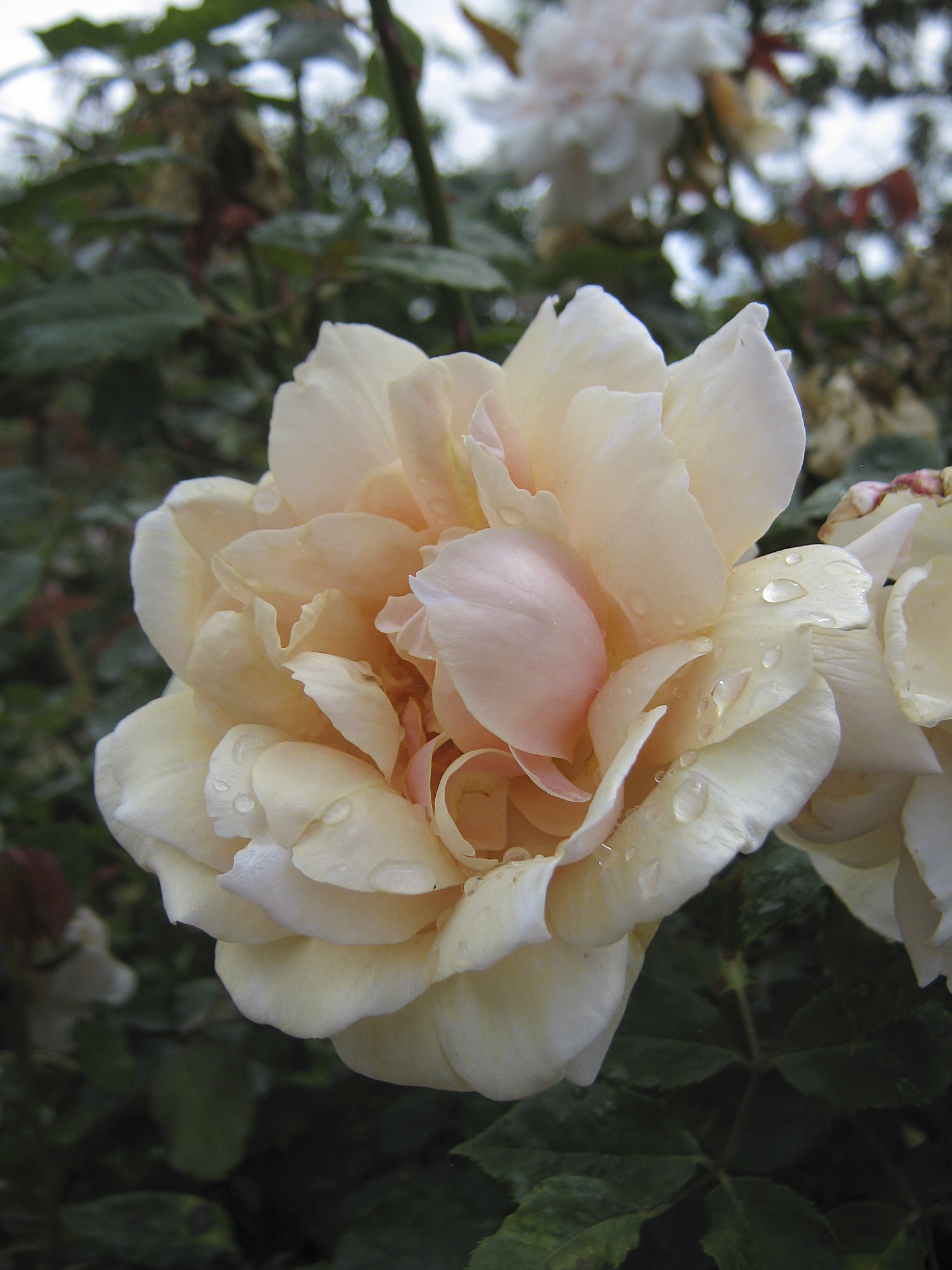
‘Mrs Hugh Dettmann’, Alister Clark, 1930
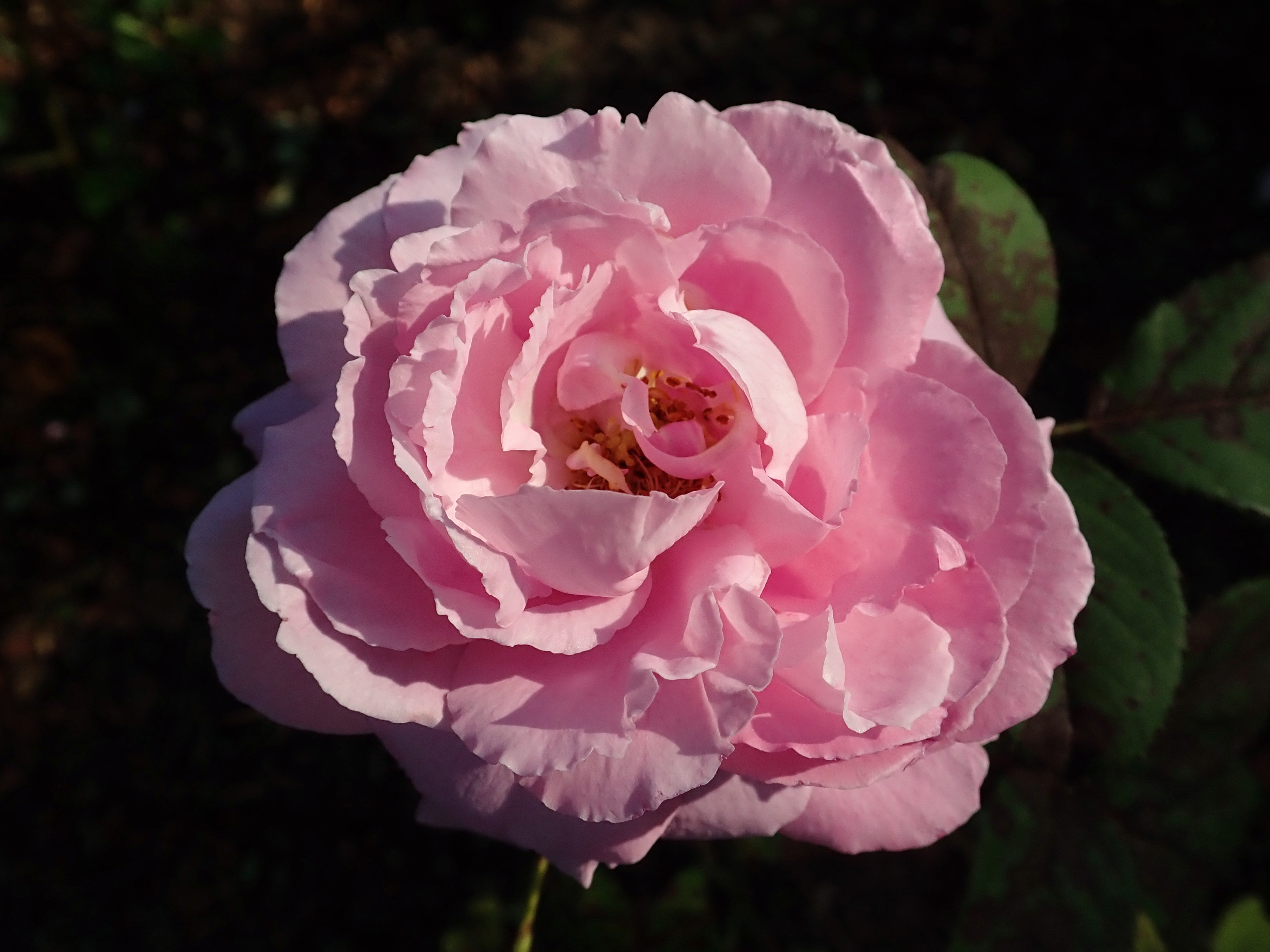
‘Mrs. John Laing’, Henry Bennett, 1885
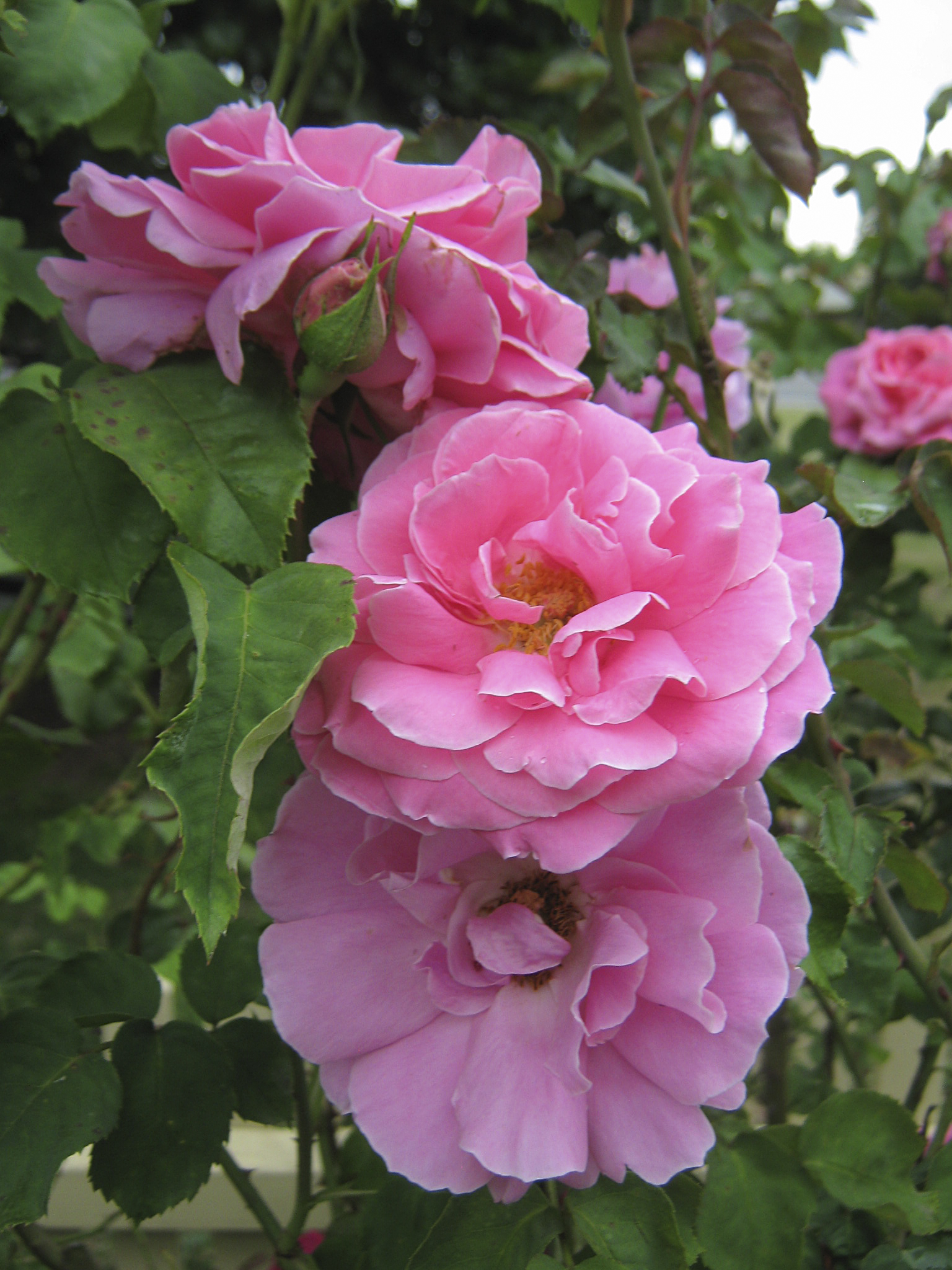
‘Mrs Norman Watson’, Alister Clark, 1930
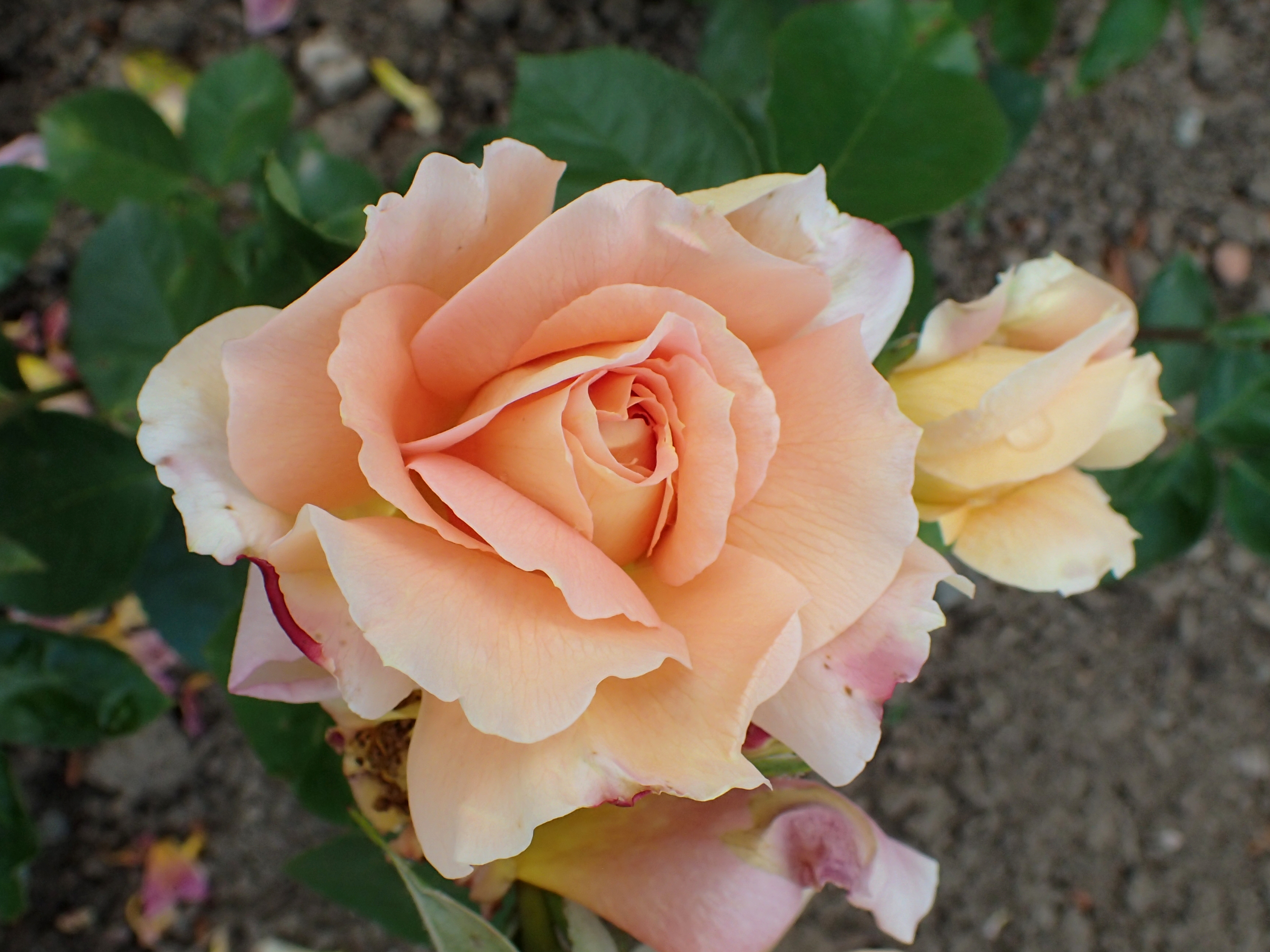
‘Mrs. Paul R. Bosley’, Edith C. Bosley, 1941
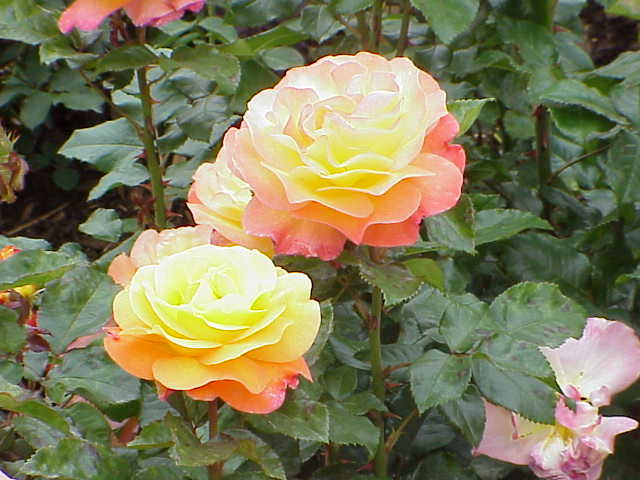
‘Münchner Herz’, Cocker, 1990
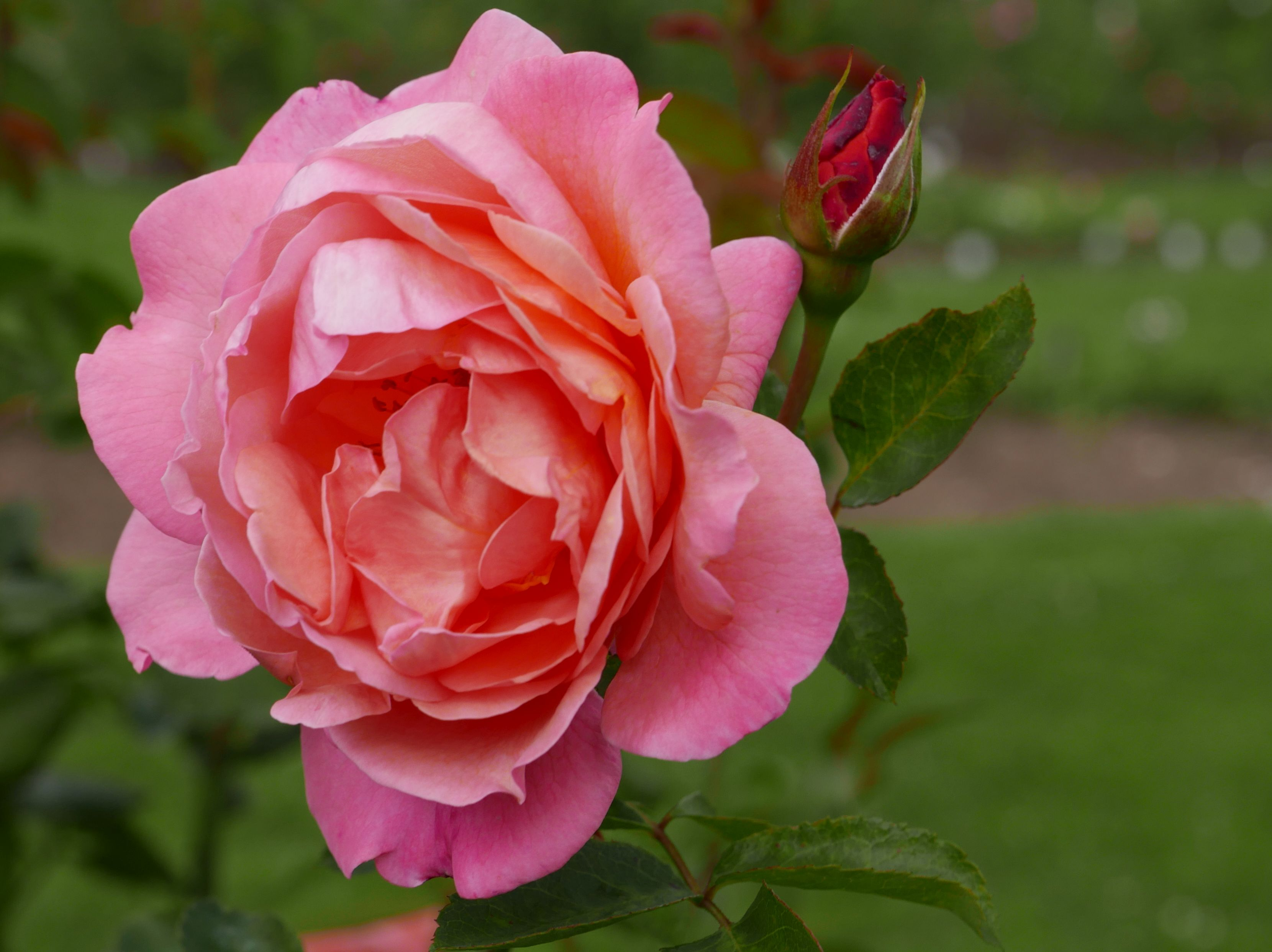
‘Münsterland’, Noack, 1986
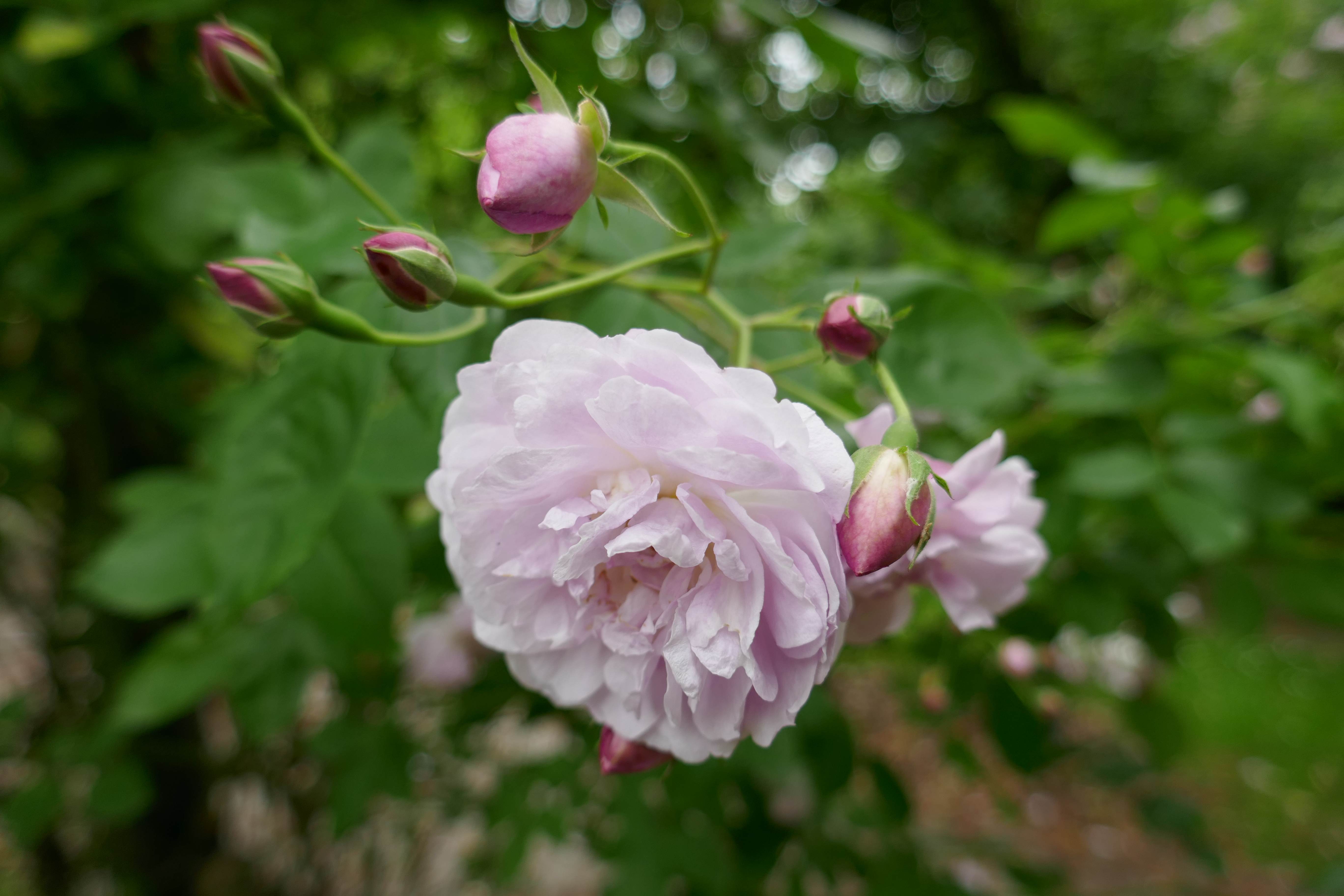
‘Multiflore de Vaumarcus’, Menet, 1875
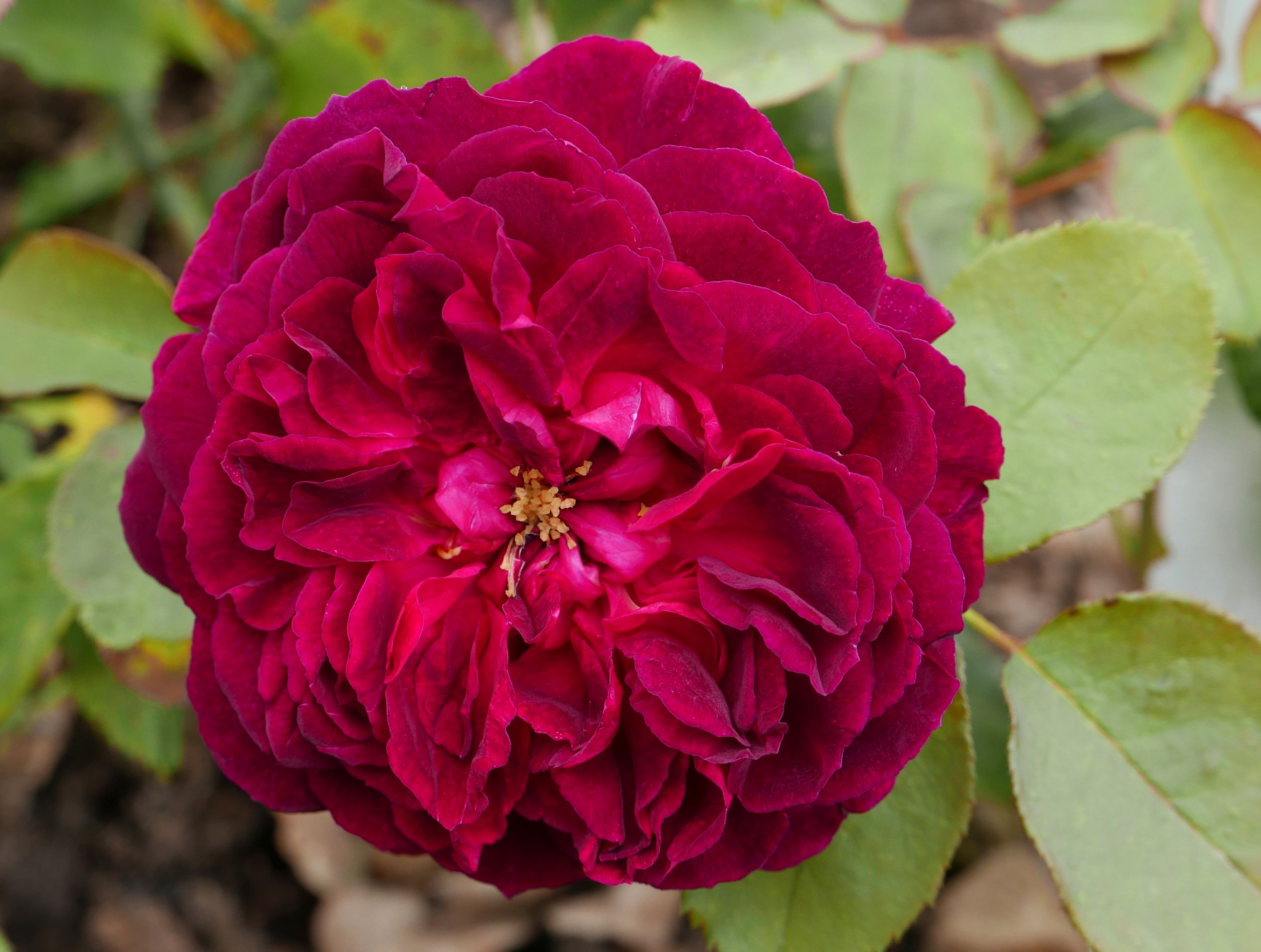
‘Munstead Wood’, Austin, 2007
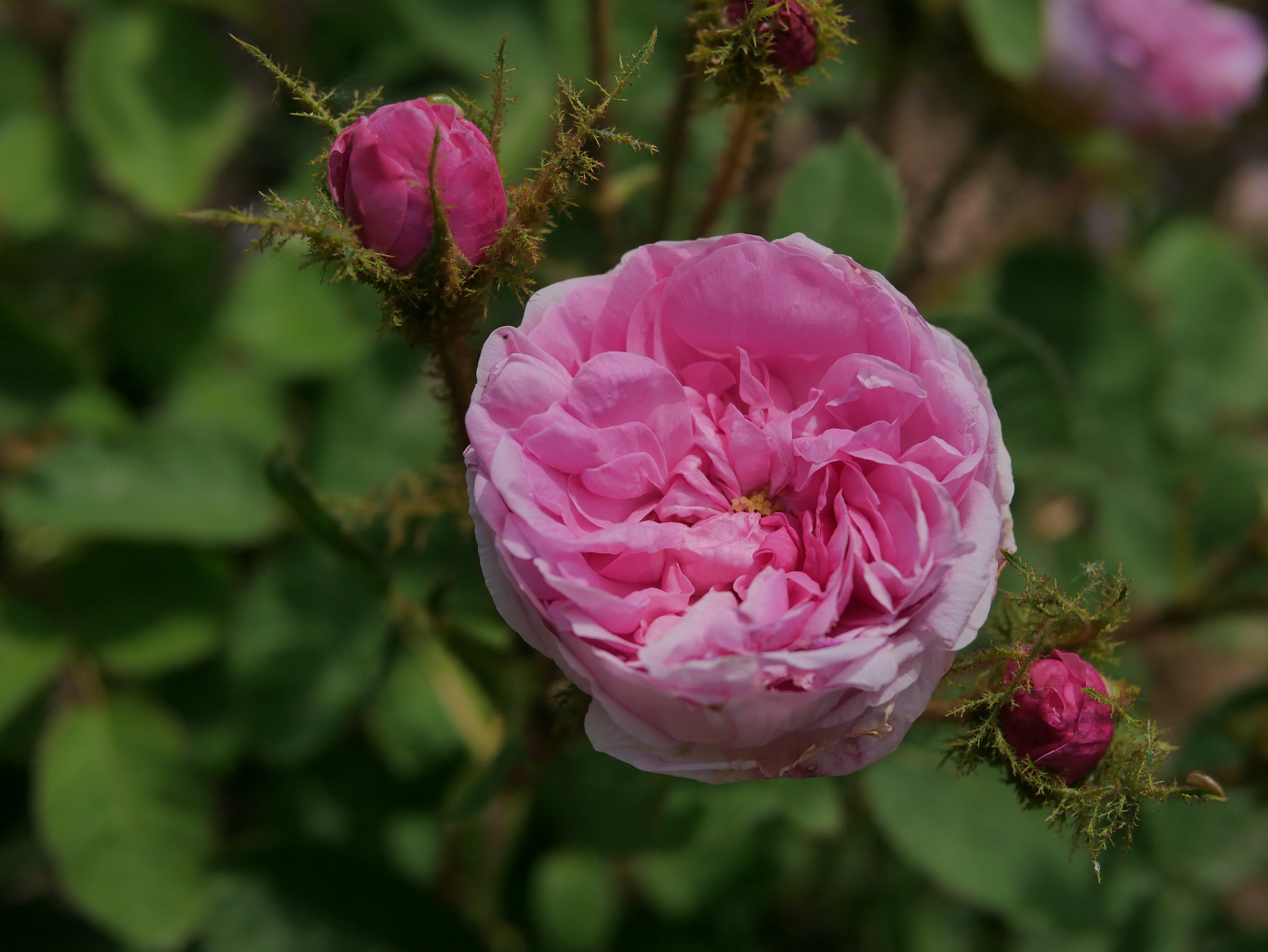
Muscosa, aus Holland, 1796
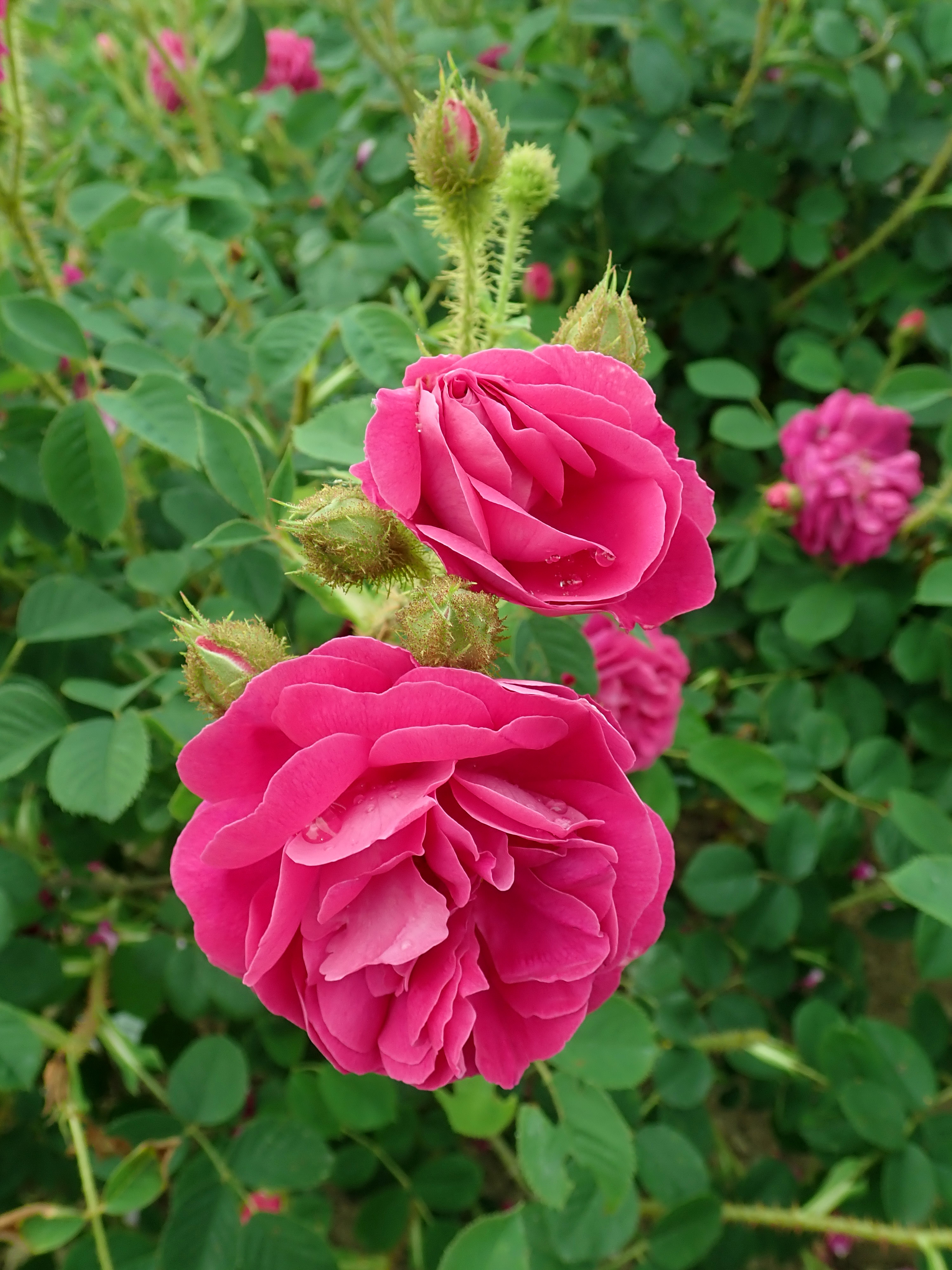
‘Muscosa rubra’, vor 1835
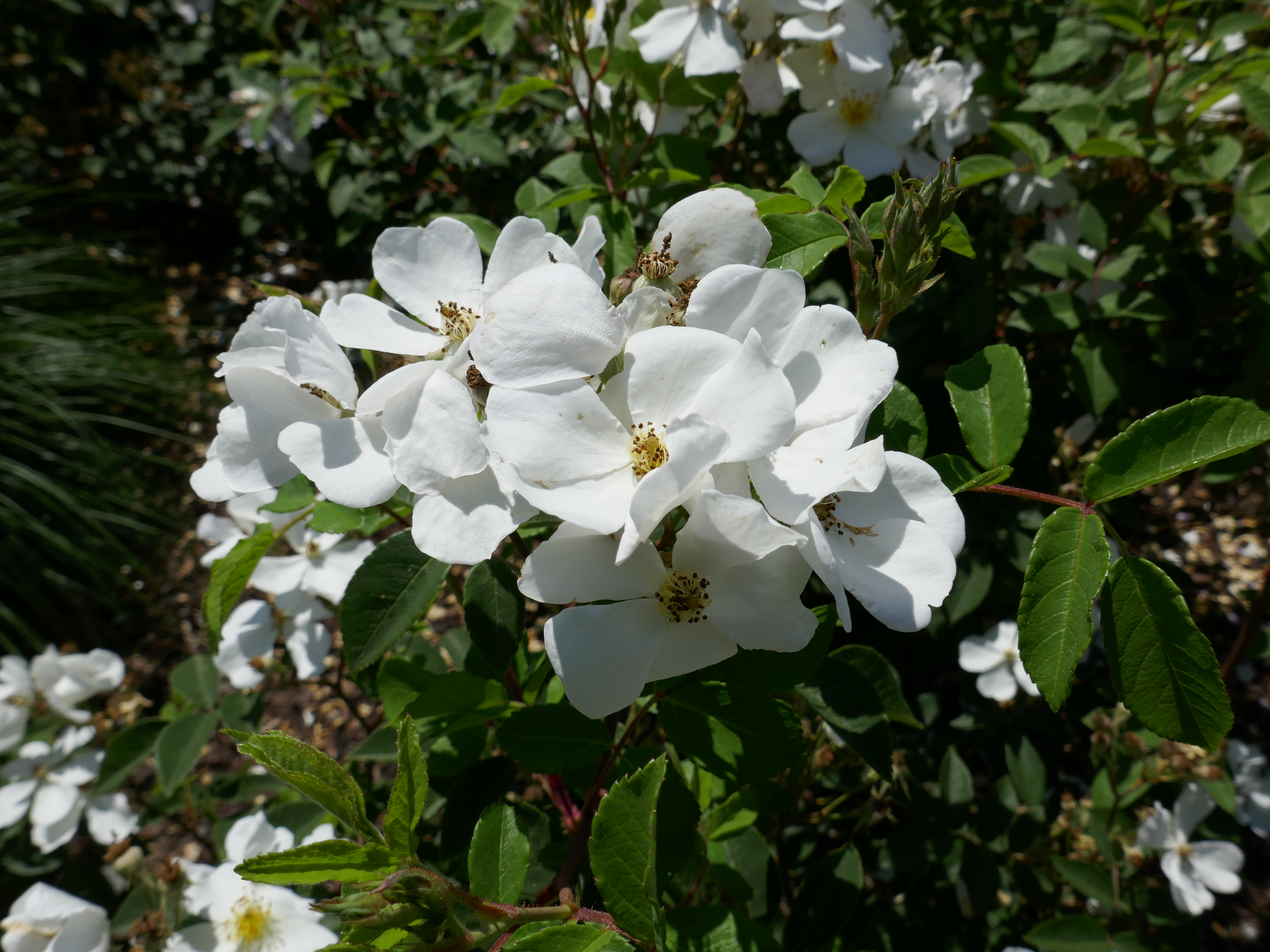
‘Musquée Sans Souci’, Louette, 2001
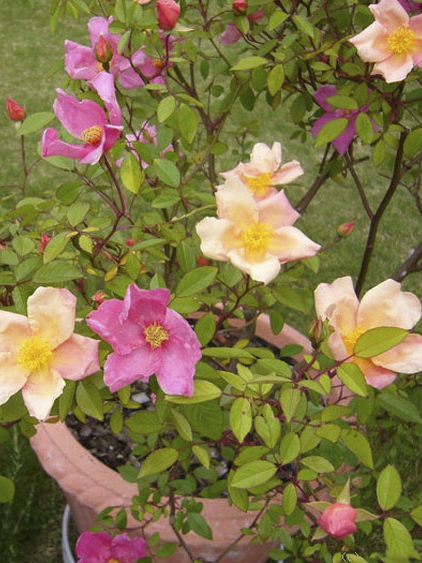
‘Mutabilis’, Chinarose, vor 1894
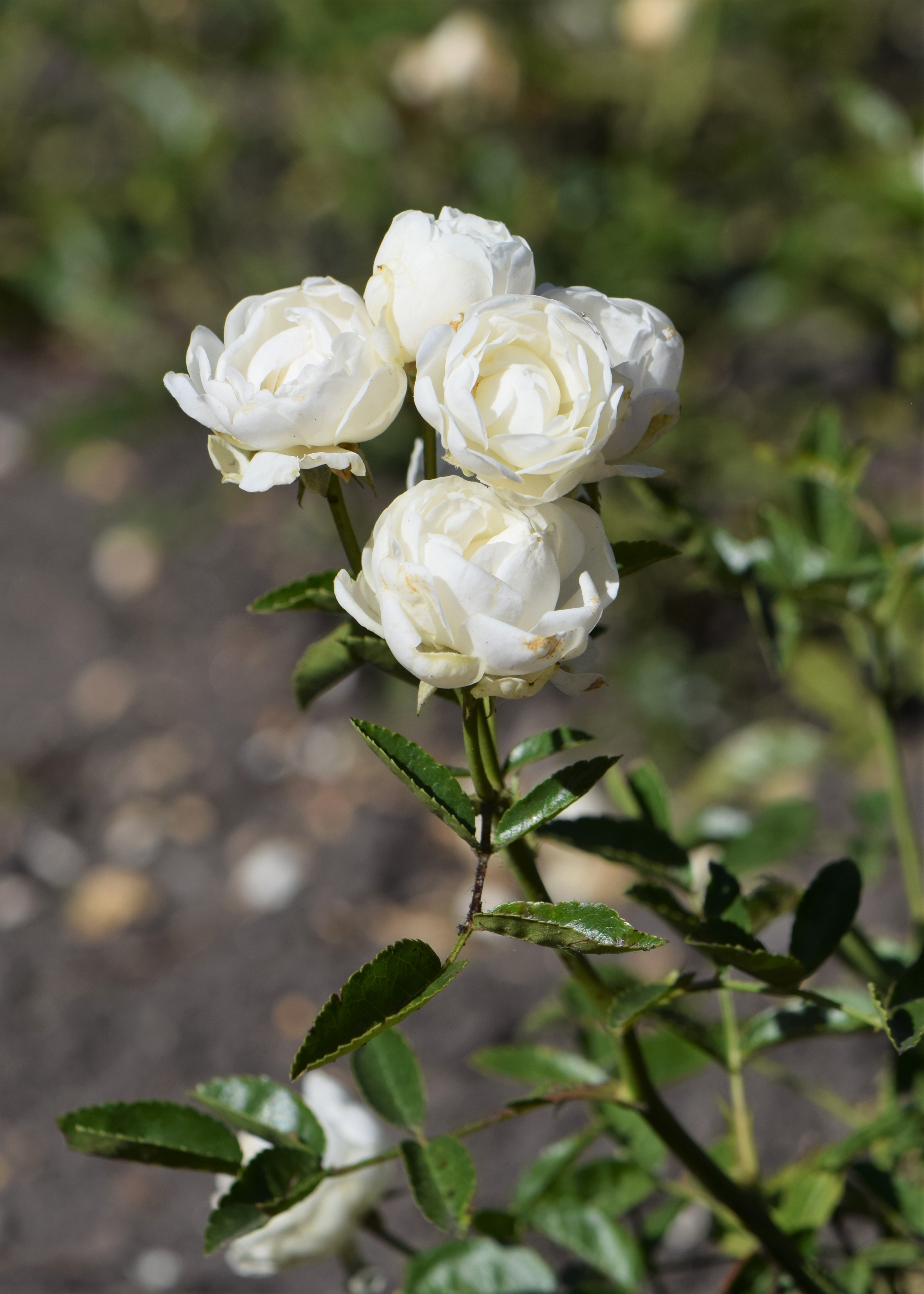
‘Muttertag Weiß’, ?
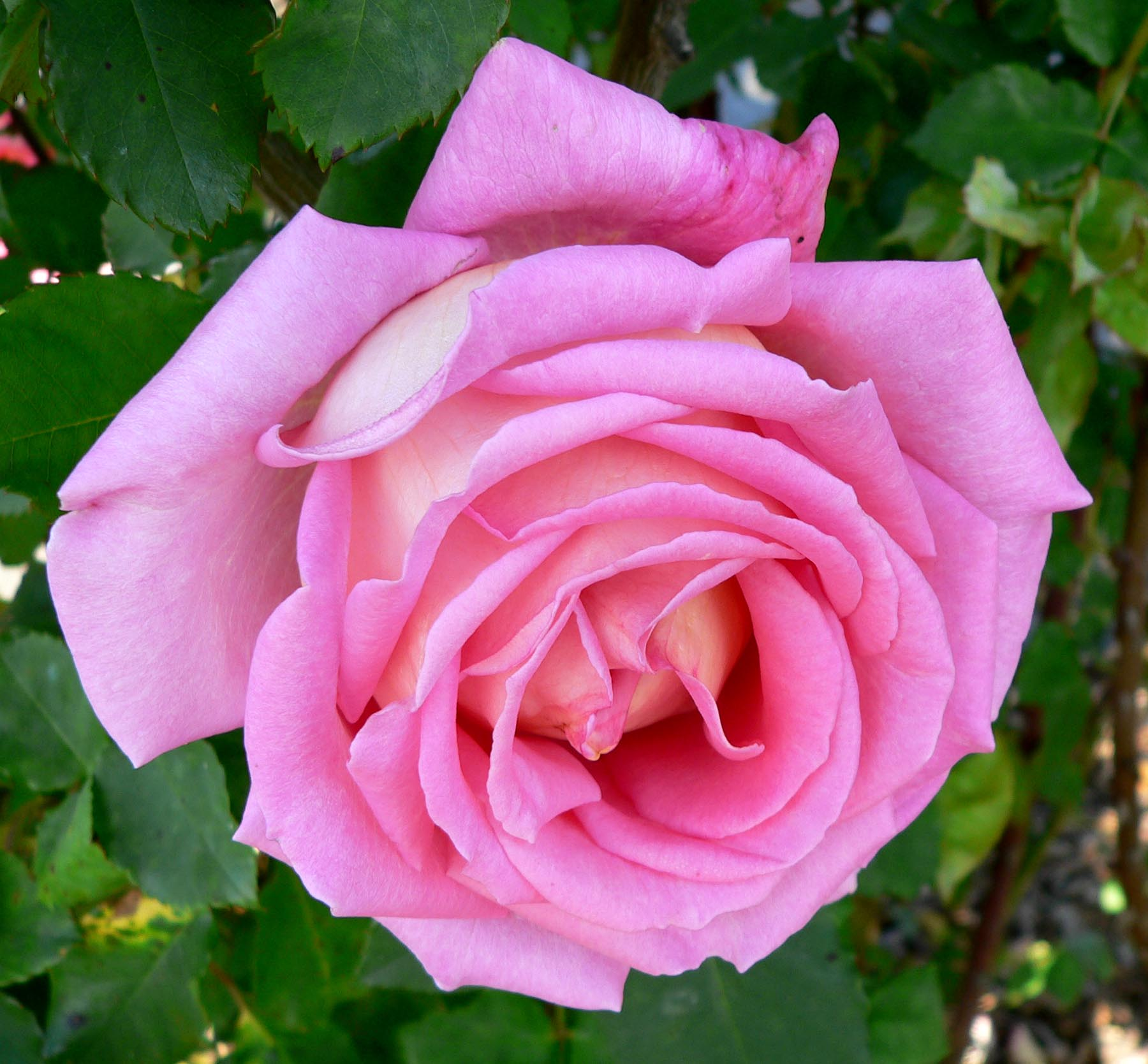
‘My Choice’, Edward Burton Le Grice,  1958
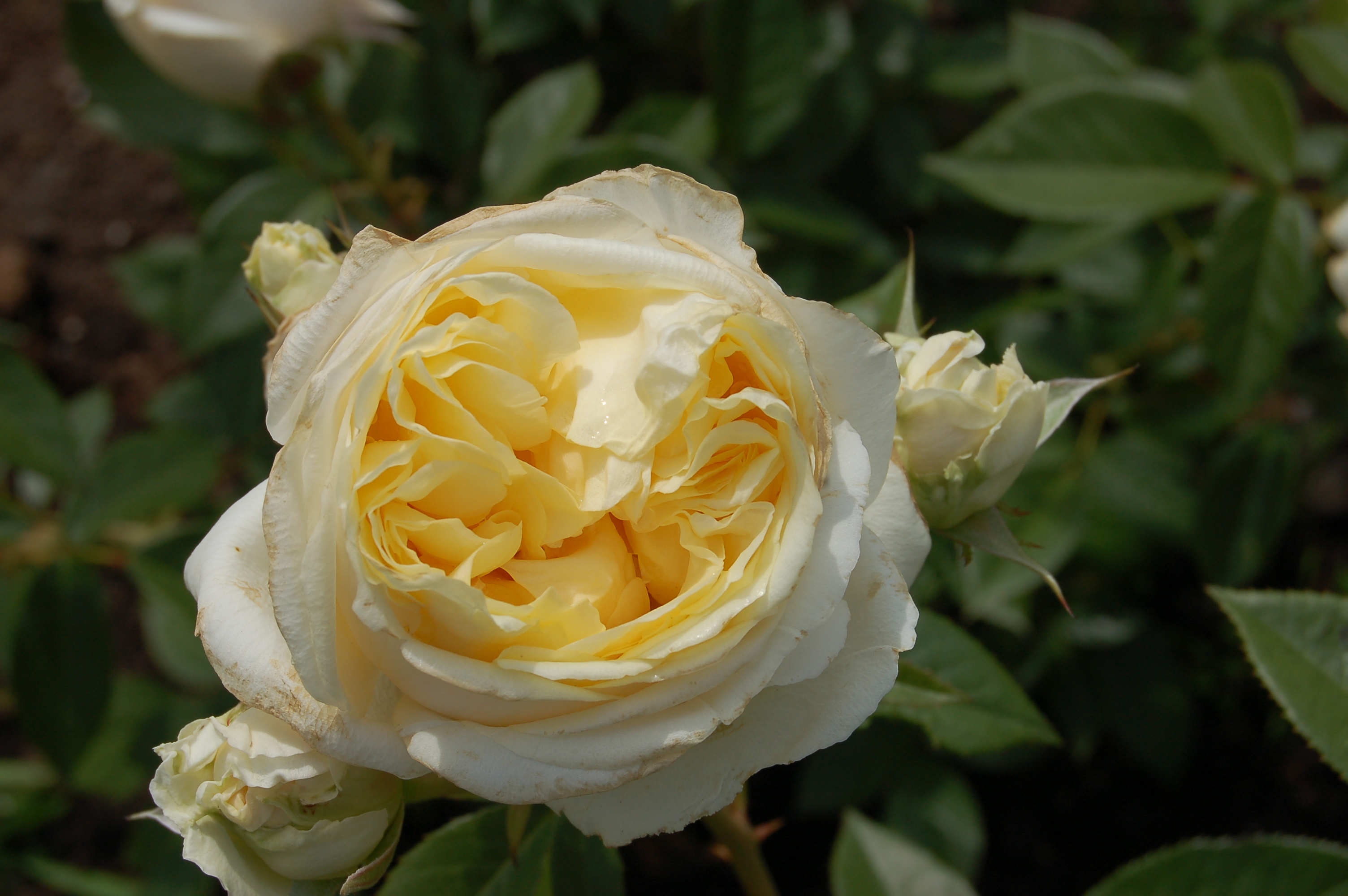
My Girl, Tantau, 2006
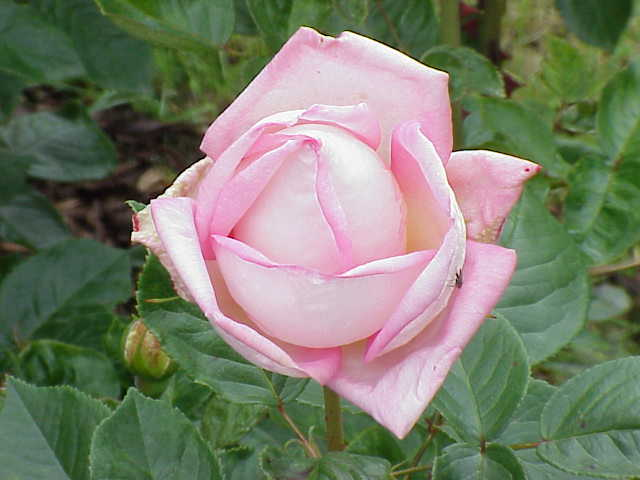
‘Myriam’, Cocker, 1991

## N

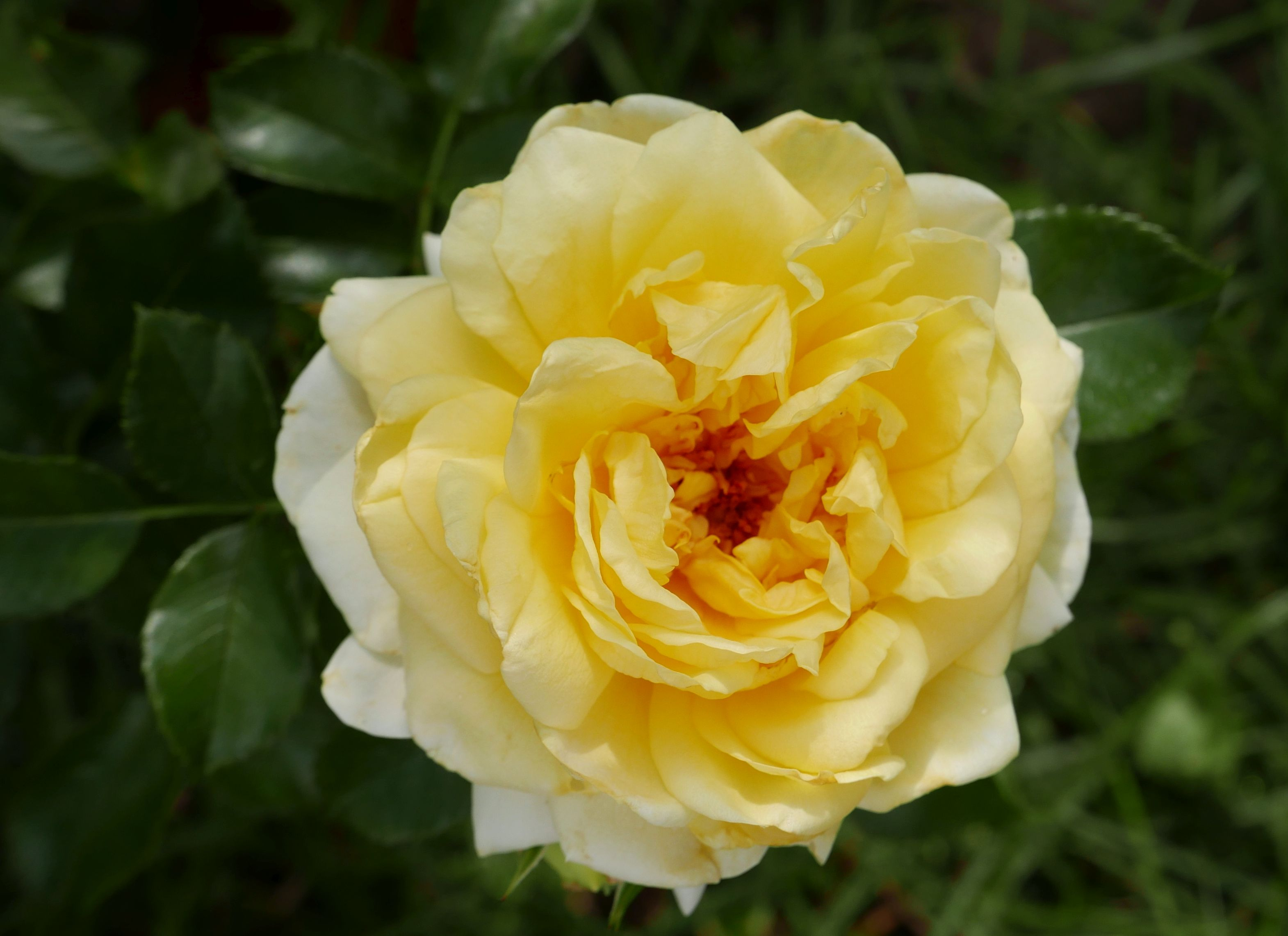
‘Nadia Meillandeco’, Meilland, 2008
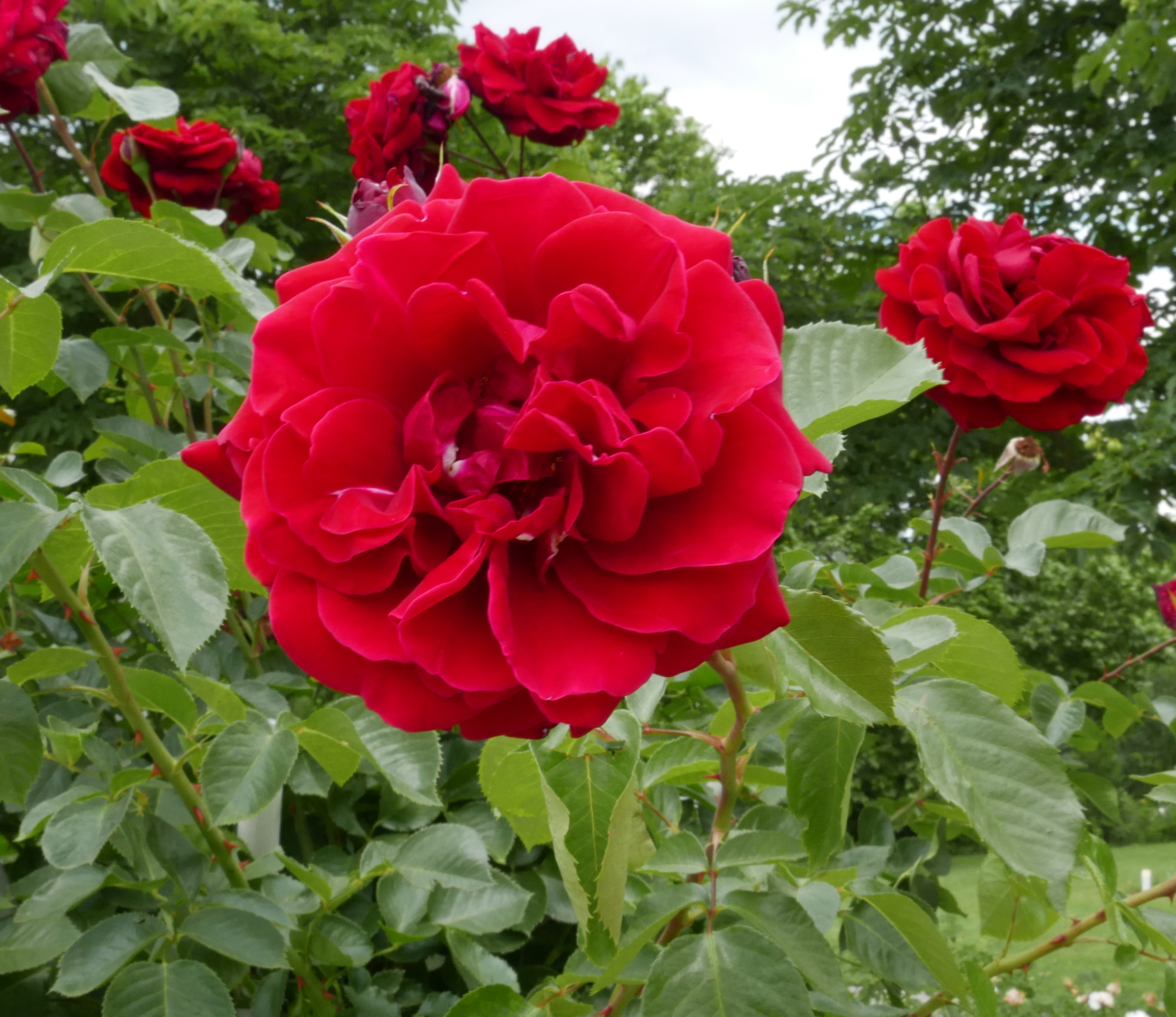
‘Naheglut’, Poulsen, 1999
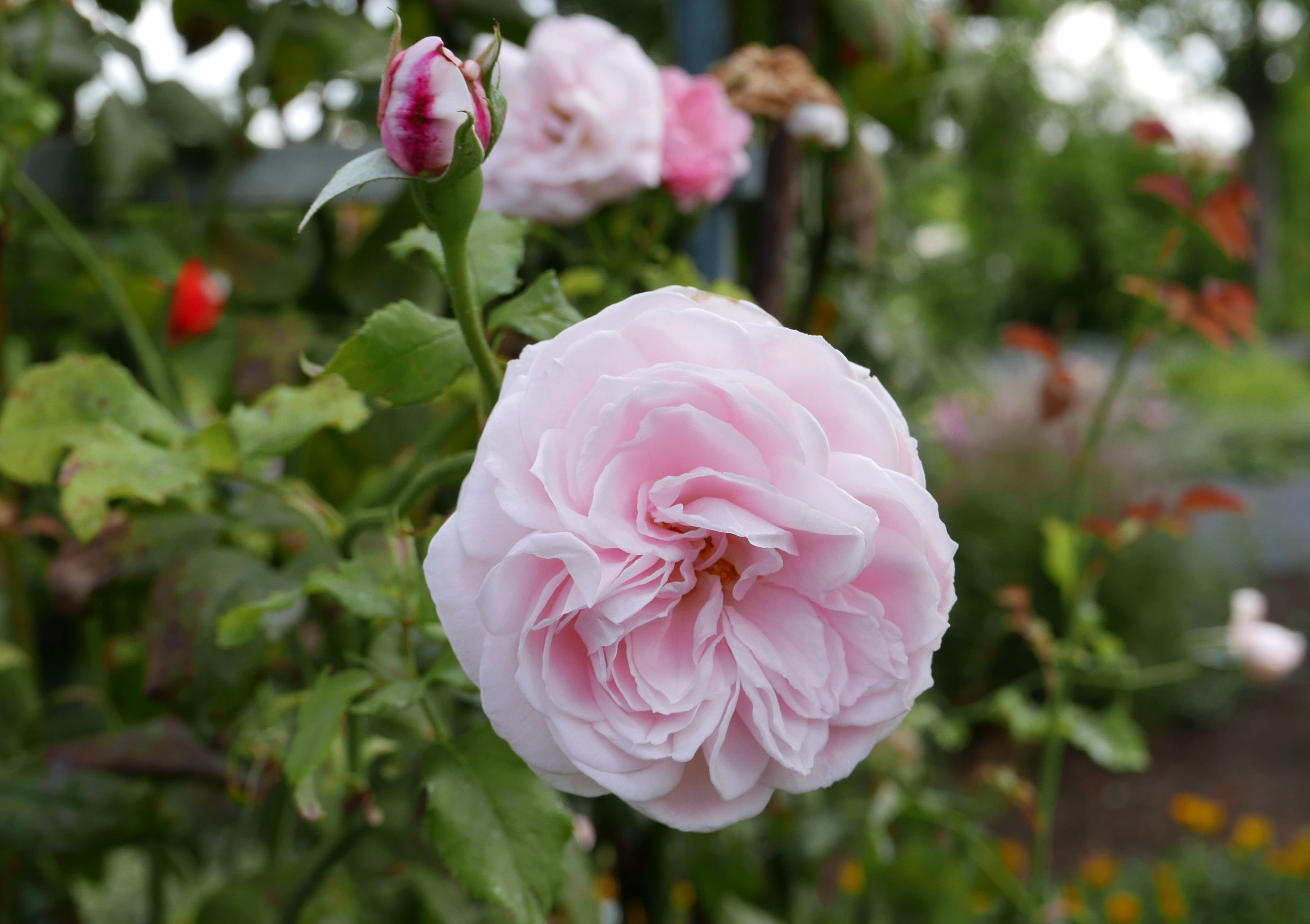
‘Nahéma, Delbard, 1991
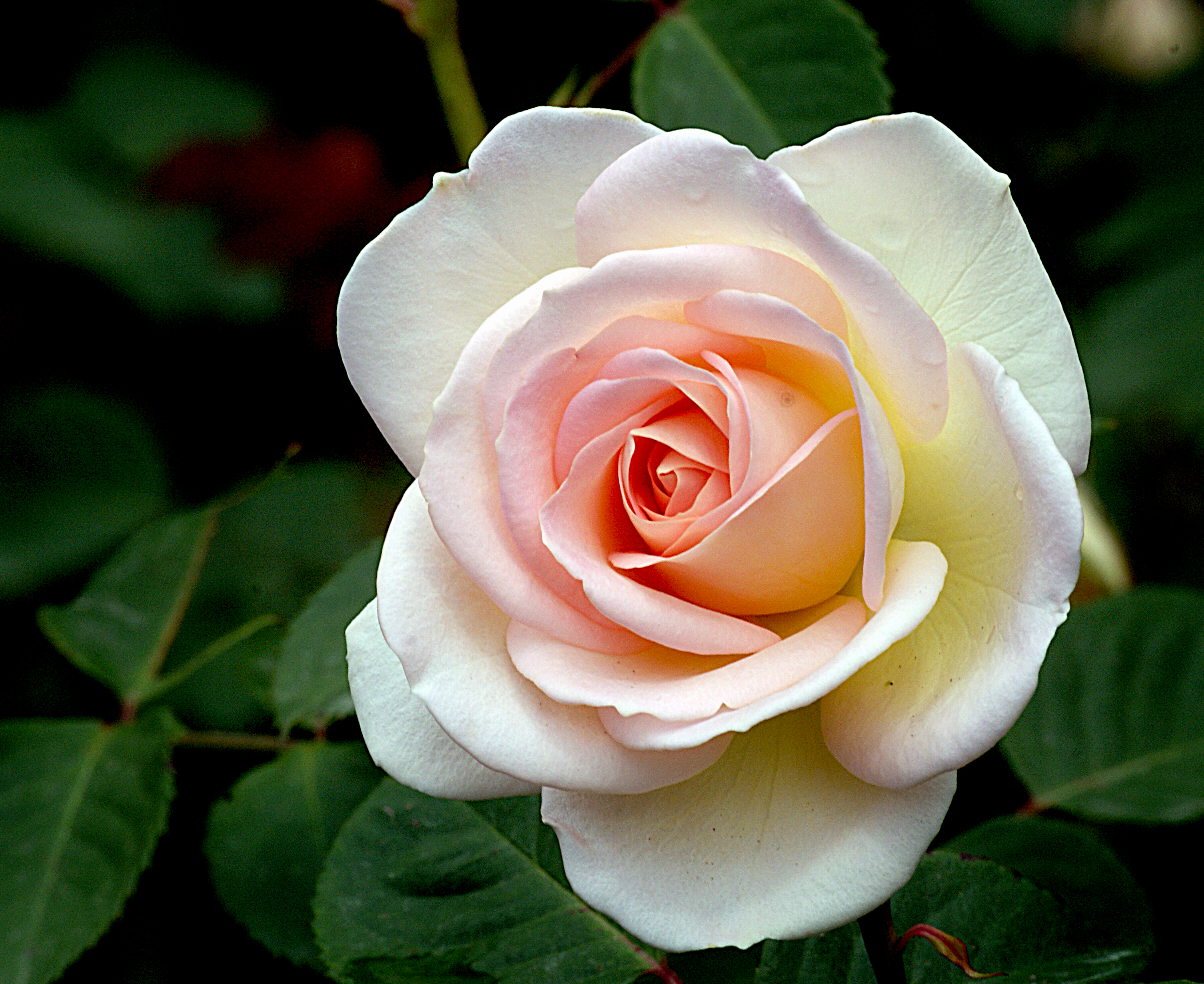
‘Nancy Steen’, George C. Sherwood, 1975
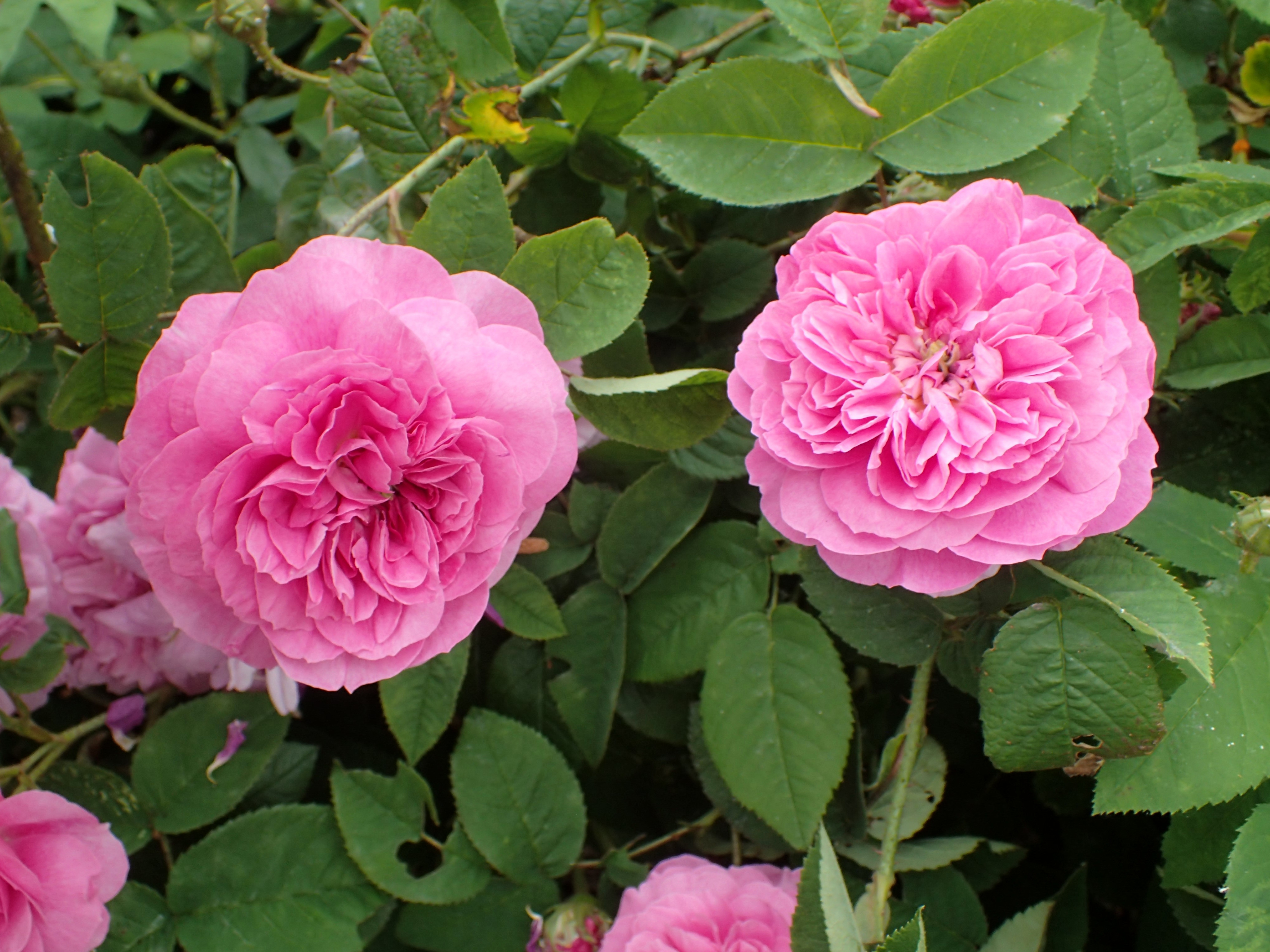
‘Narcisse de Salvandy’, Parmentier/Van Houtte, 1843
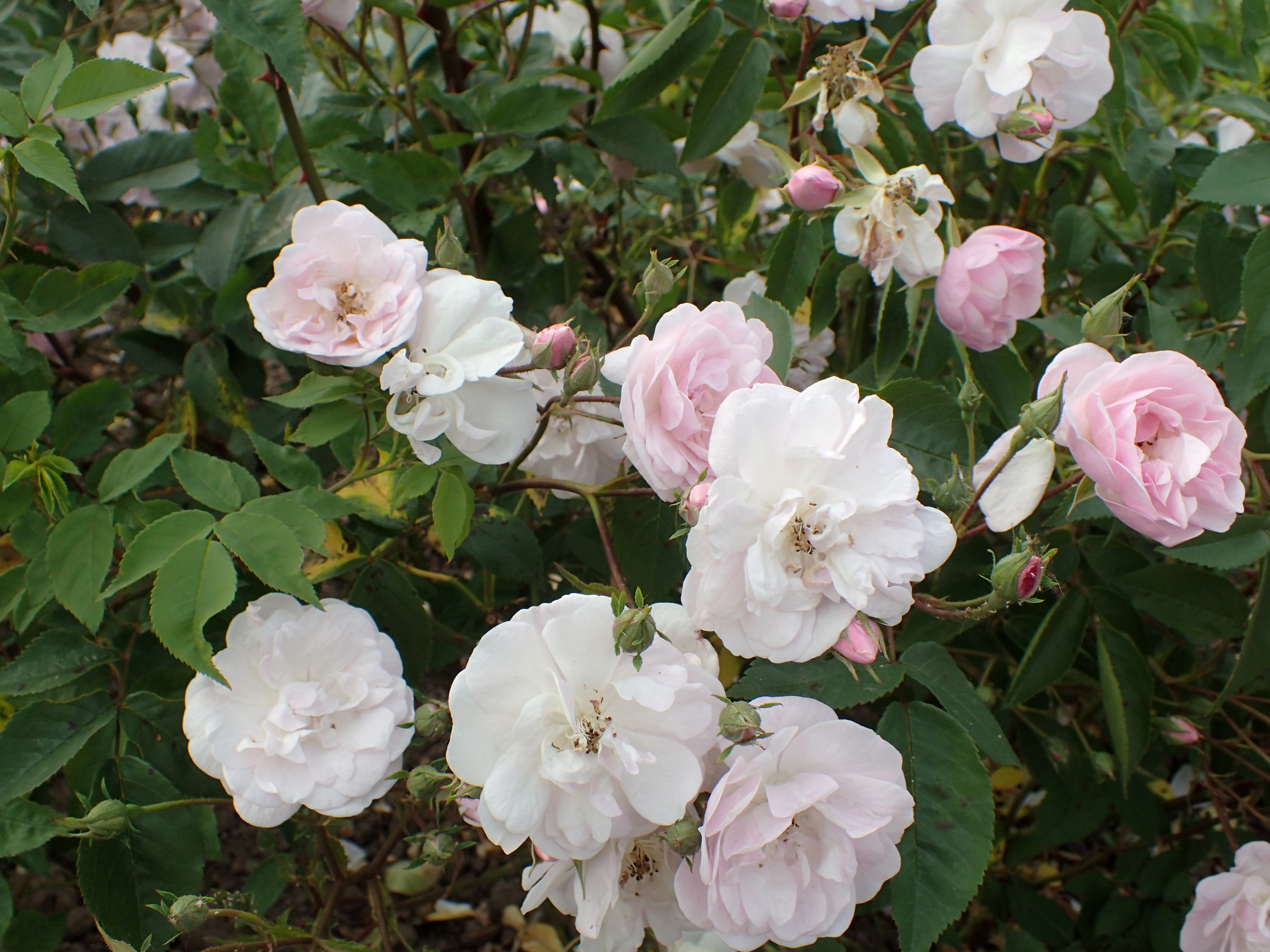
‘Nastarana’, Rosa moschata
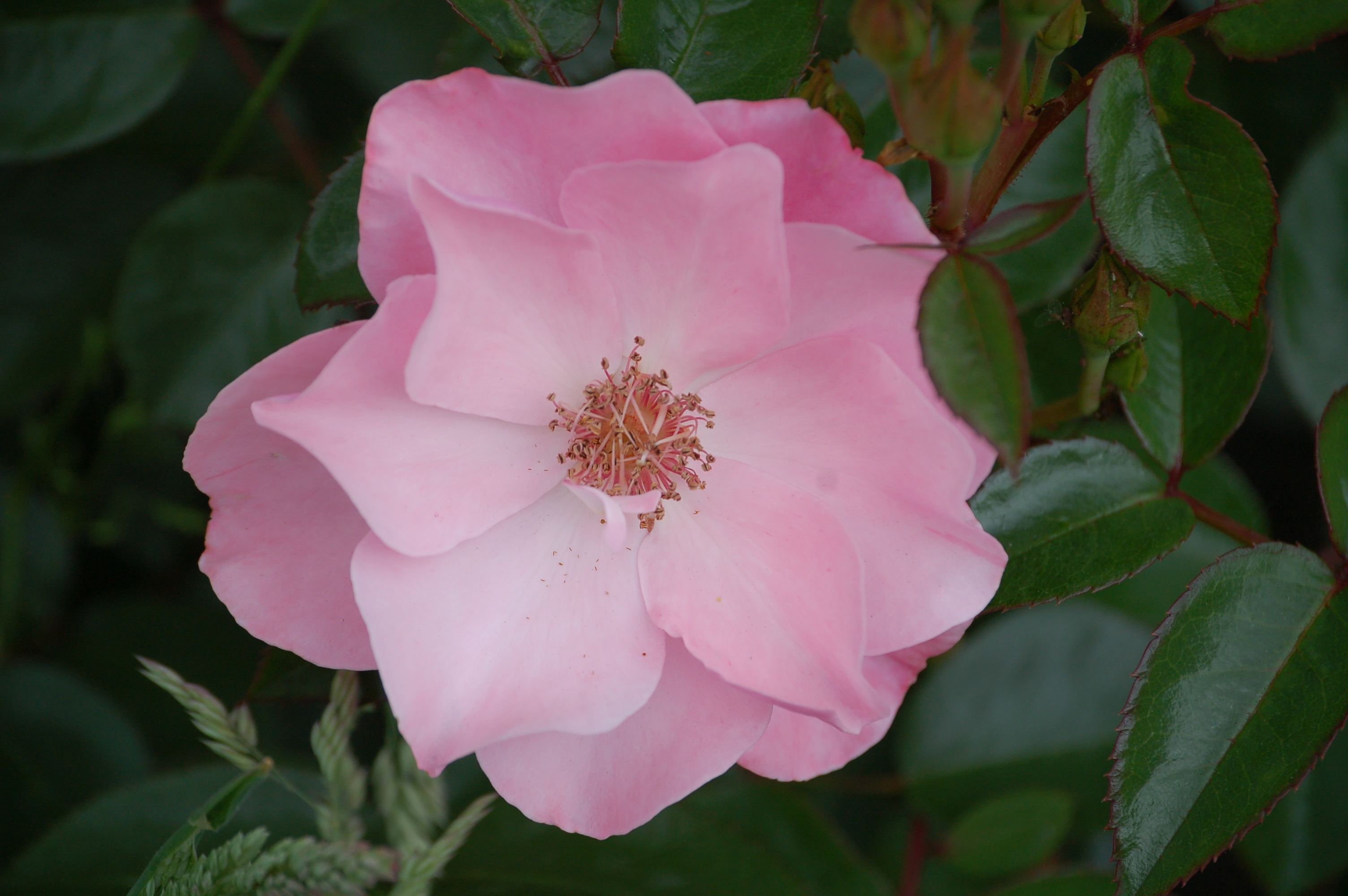
‘NDR 1 – Radio Niedersachsen’, Kordes, 1996
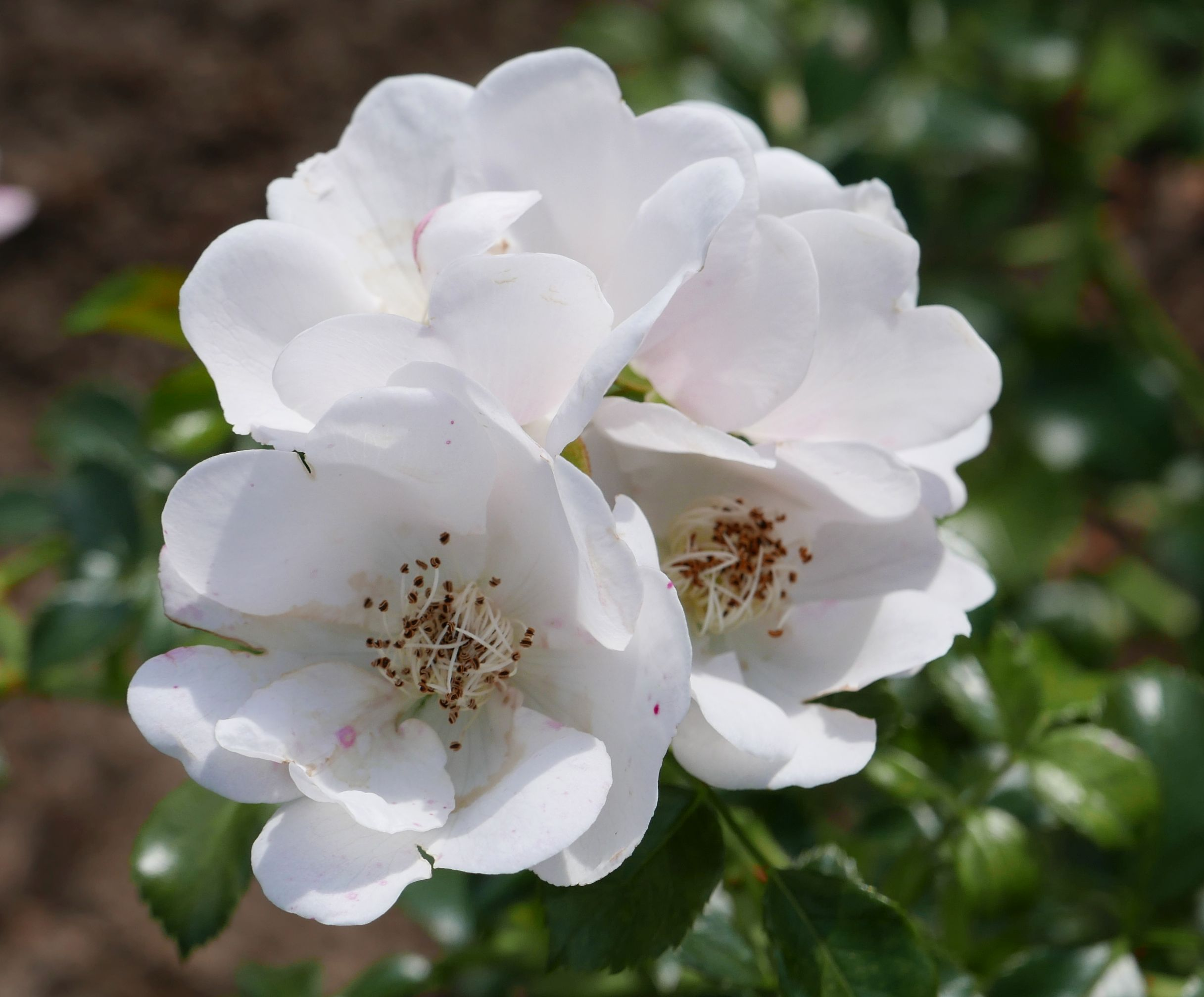
‘Nemo’, Kordes, 2000
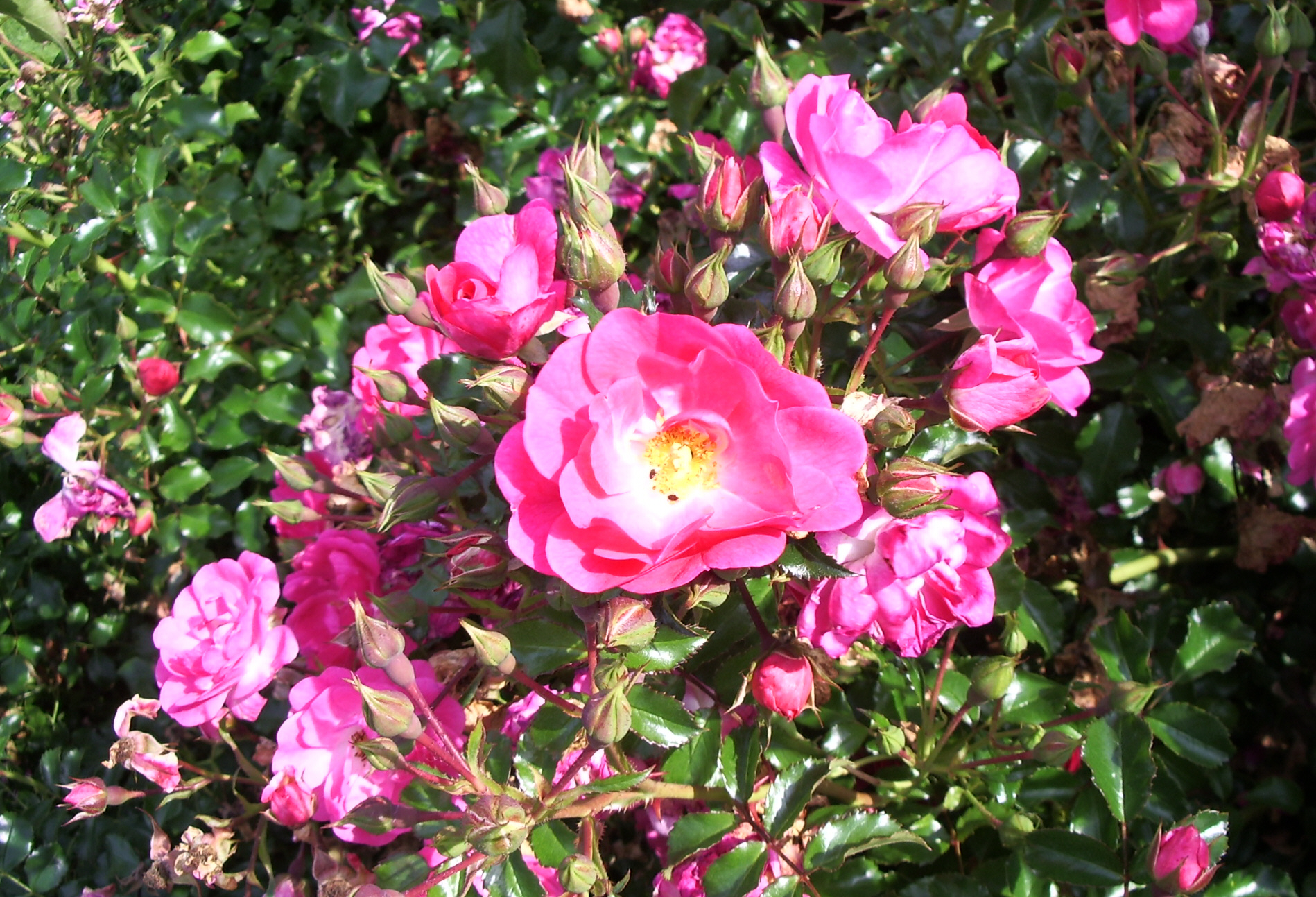
‘Neon’, Kordes, 2001
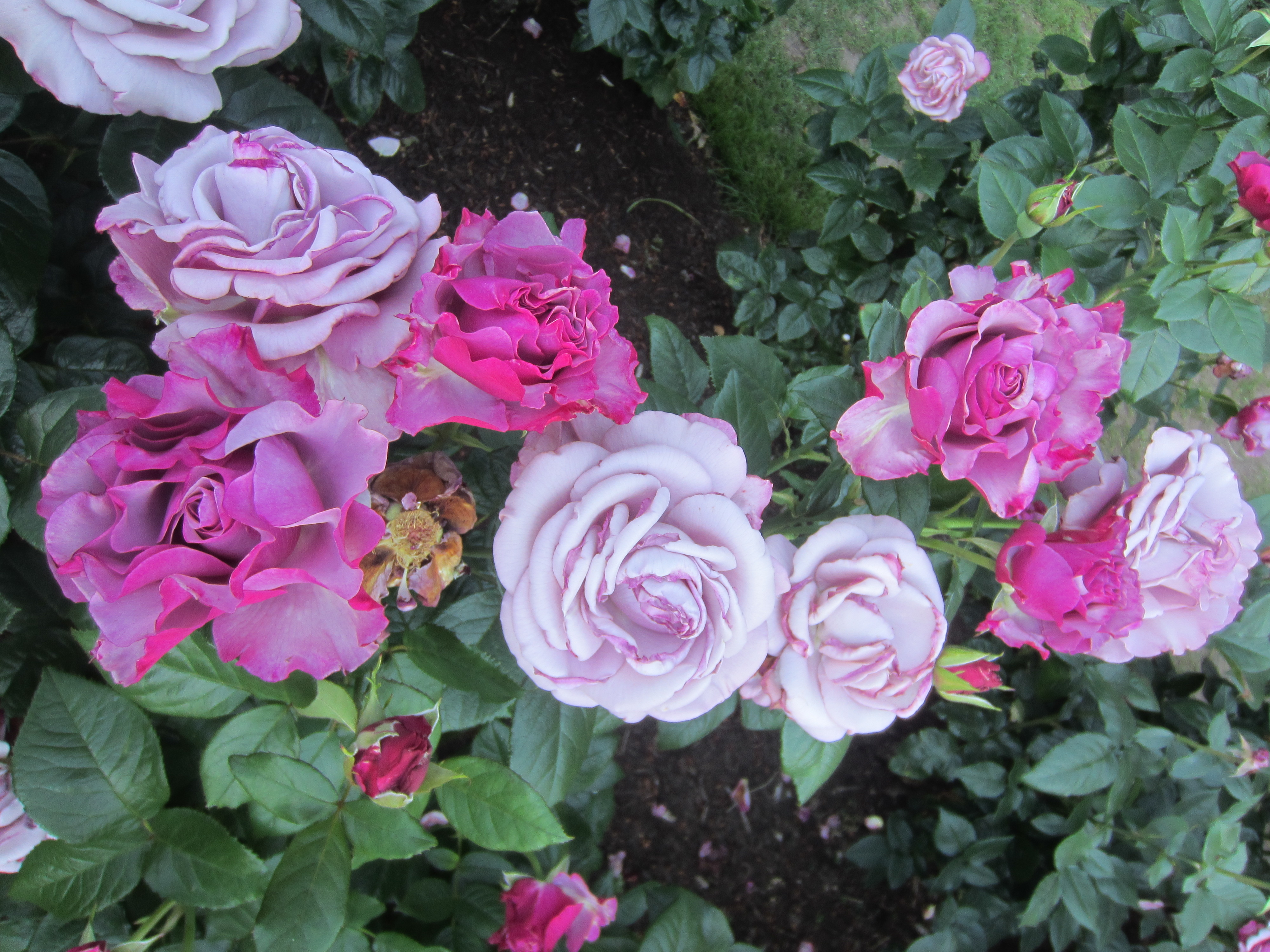
‘Neptune’, Tom Carruth, 2003
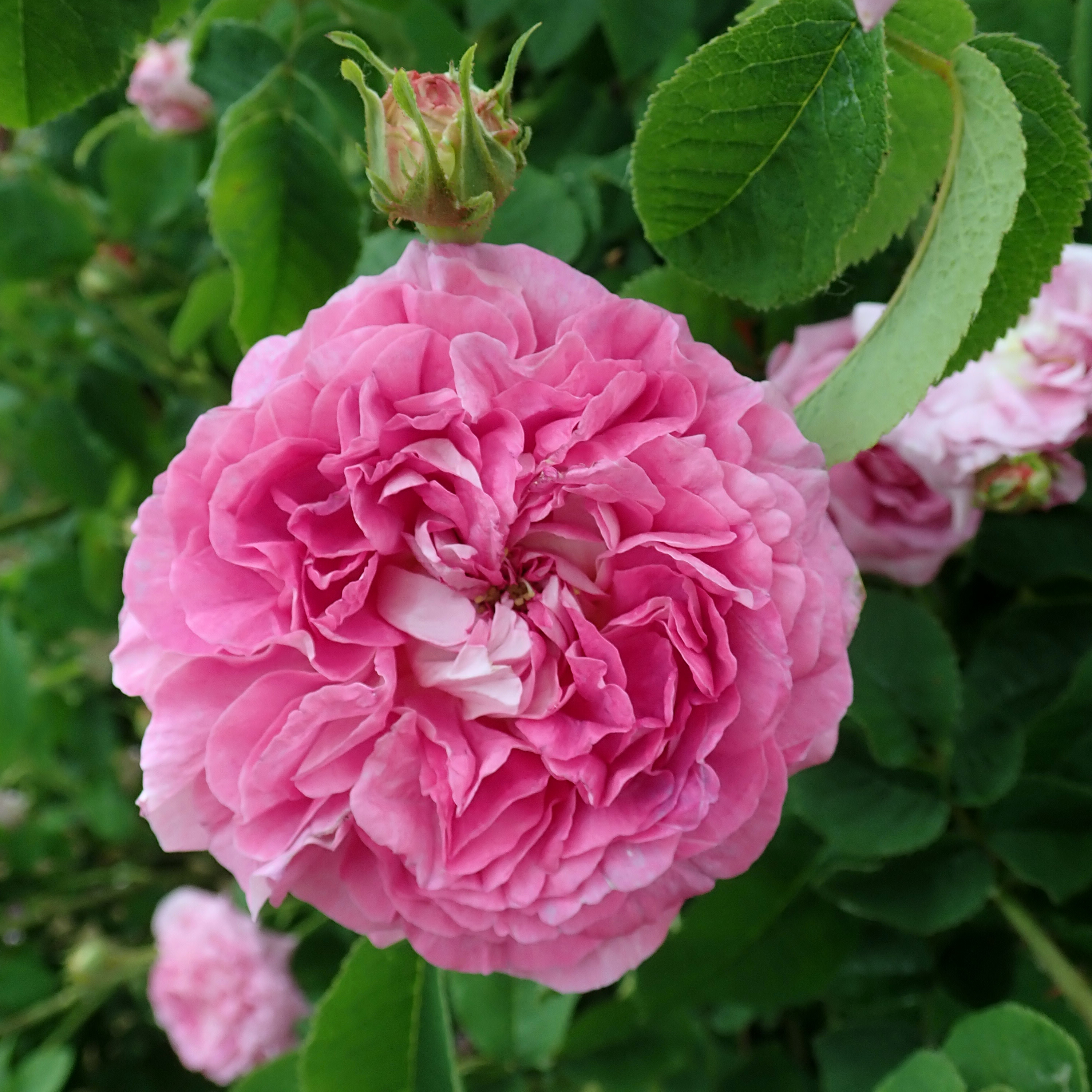
‘Nestor’, ?, um 1846
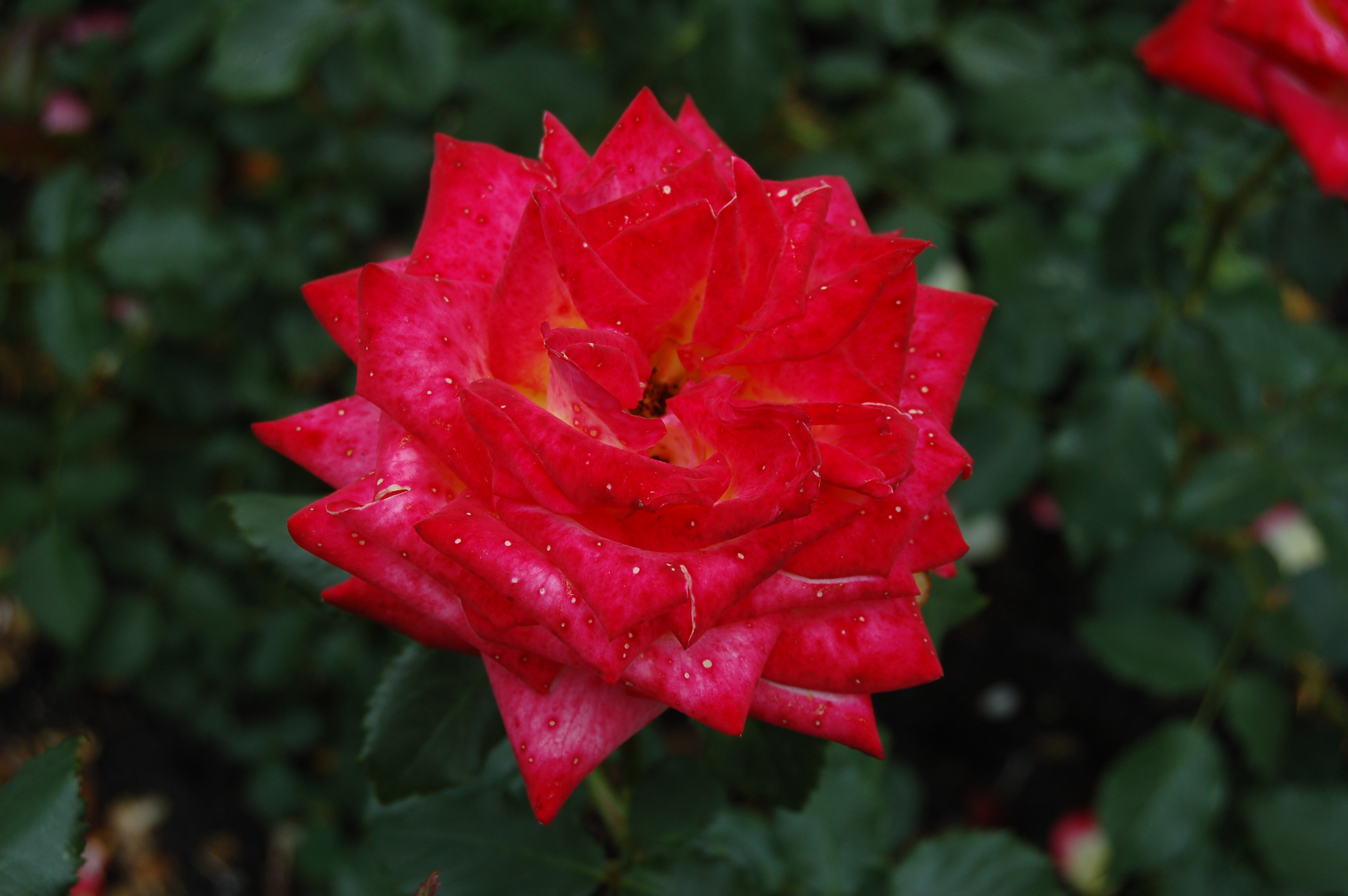
‘Neue Revue’, Kordes, 1969
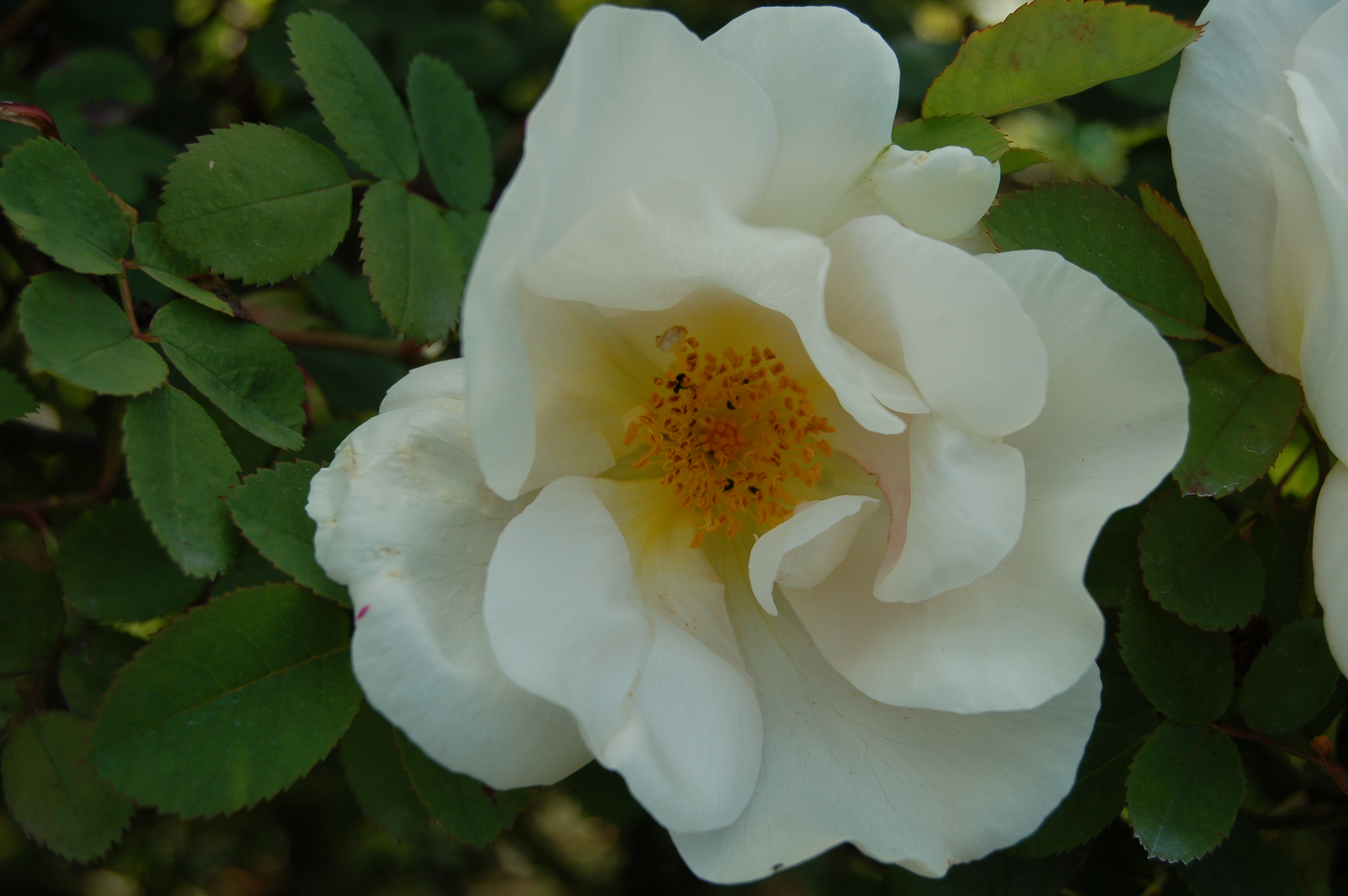
‘Nevada’, Dot, 1927
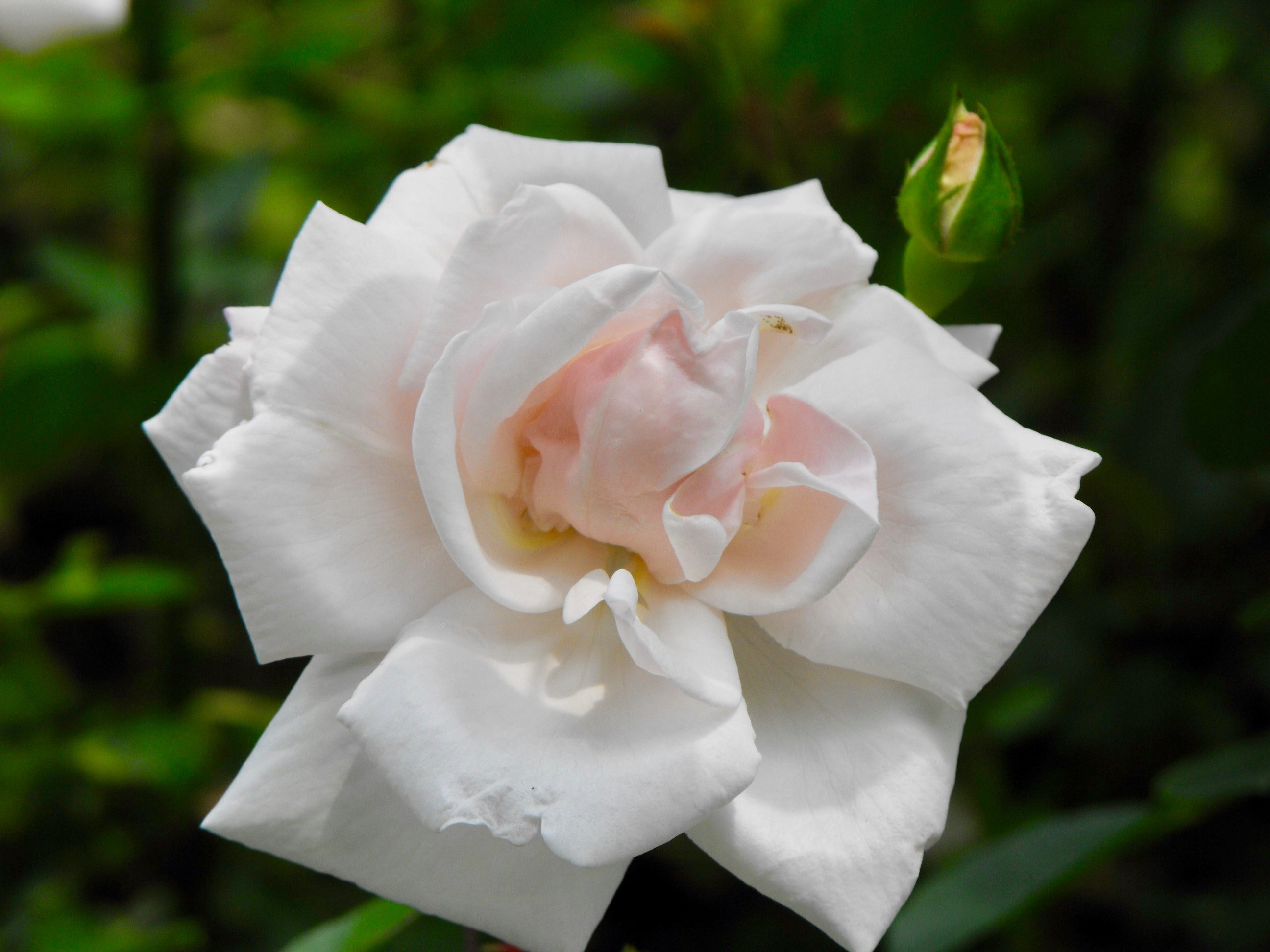
‘New Dawn’, Somerset, 1930
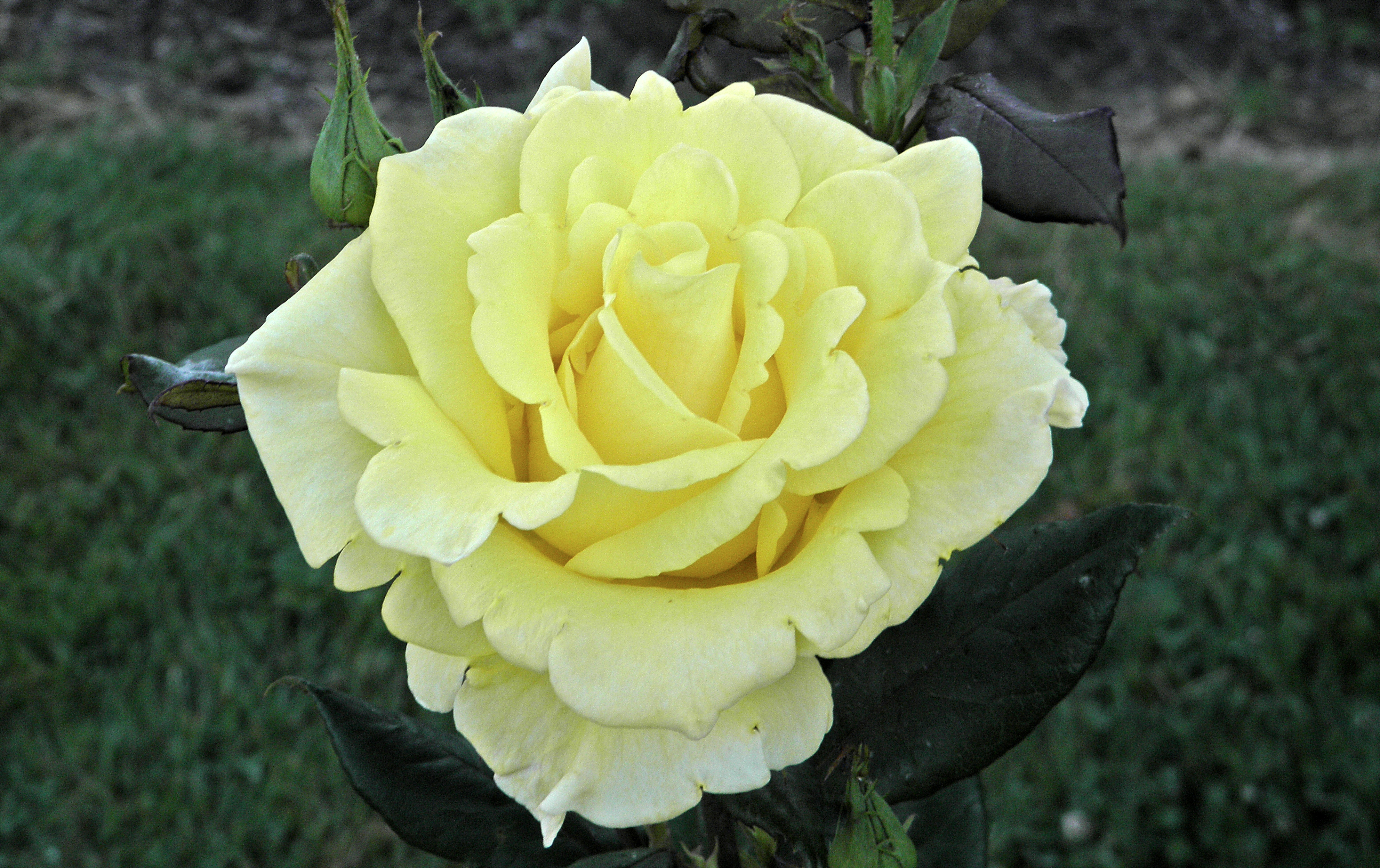
‘New Day’ (oder ‘Mabella’), Kordes, 1972
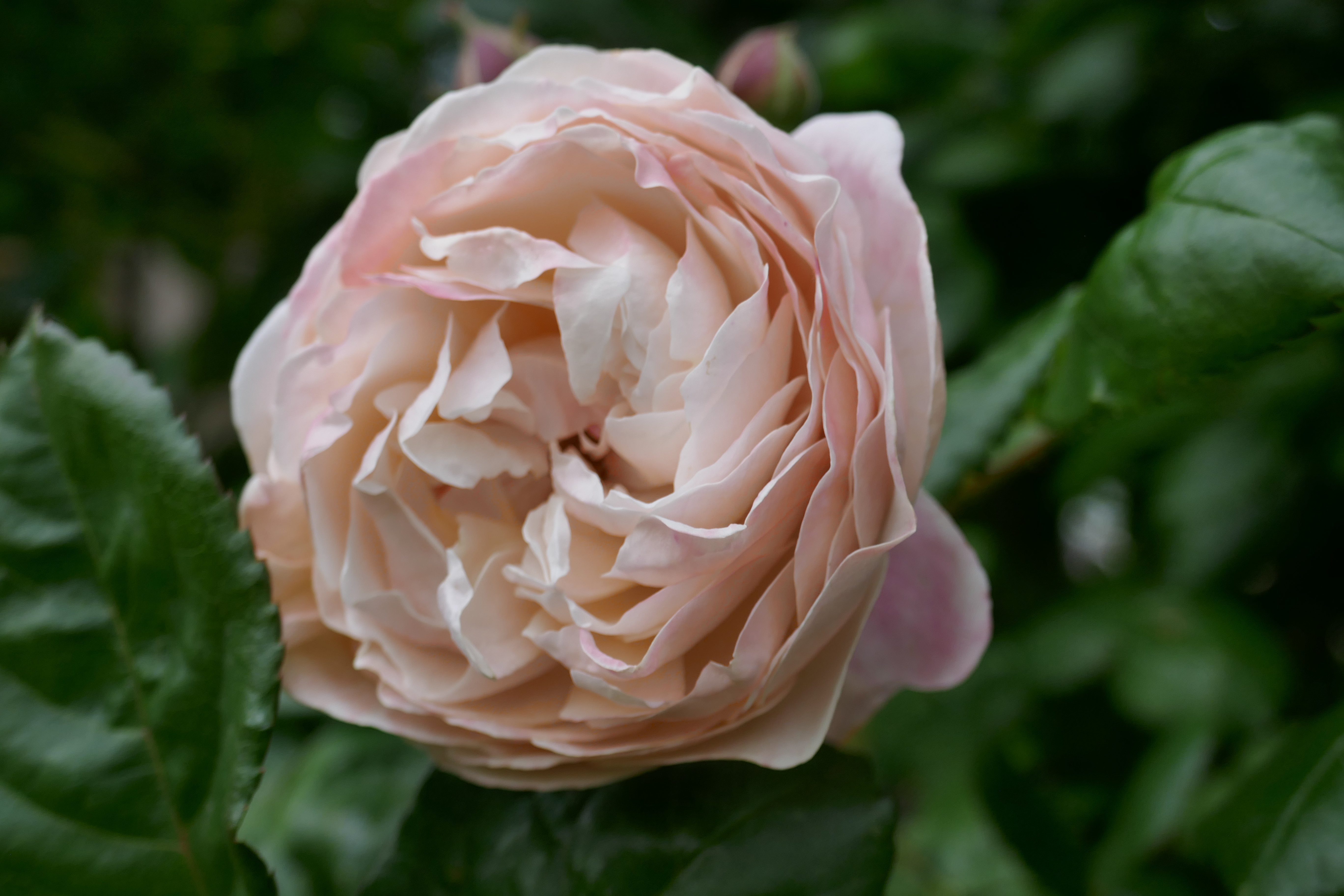
‘New Dreams’, Martin Vissers, 2002
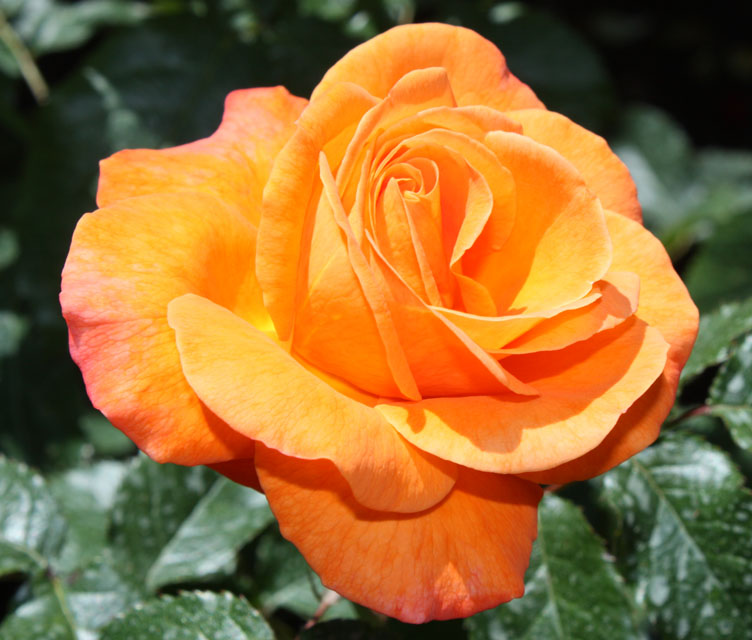
New Year, Samuel Darragh McGredy IV, 1982
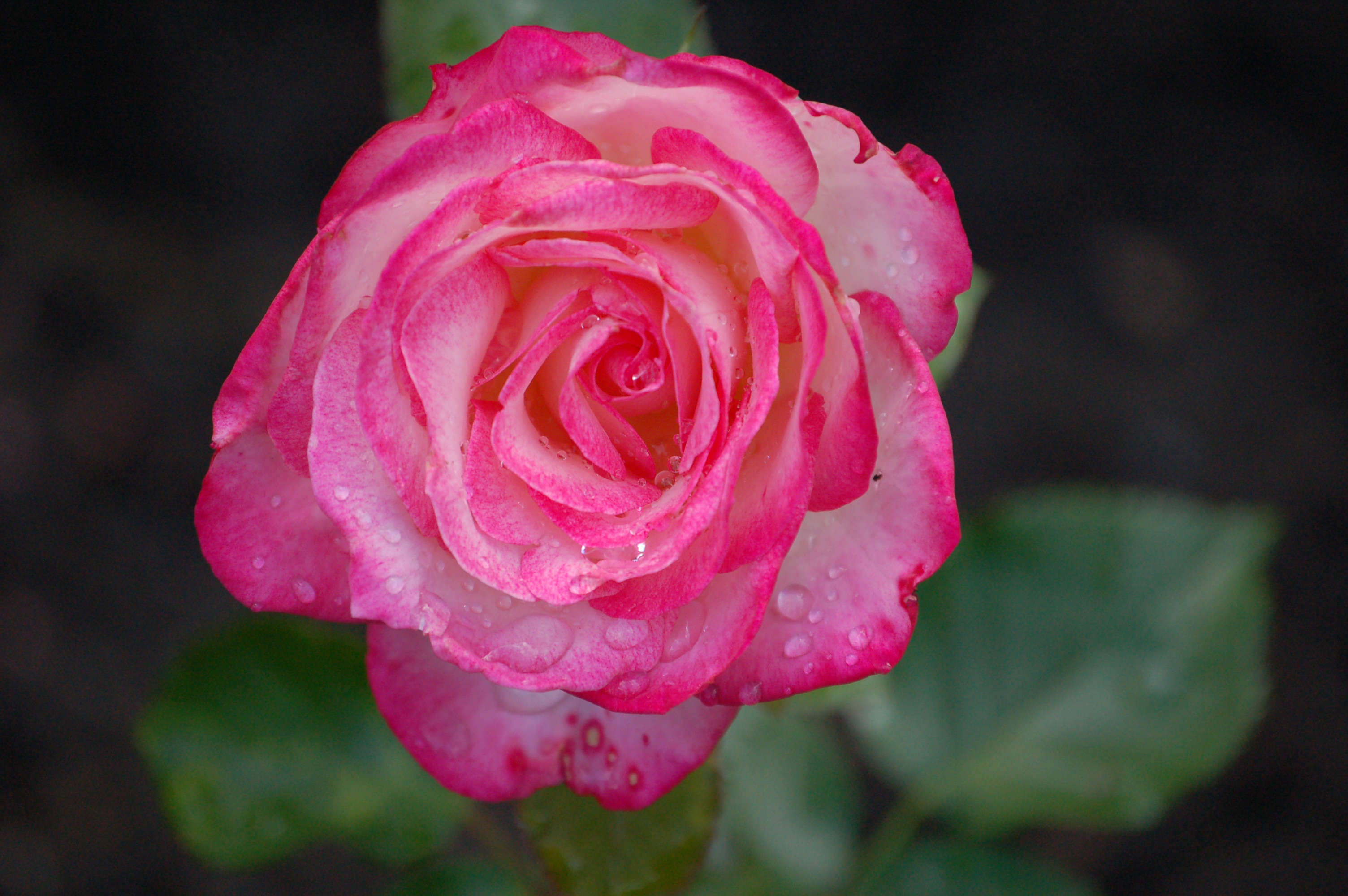
‘Nicole’, Kordes, 1985
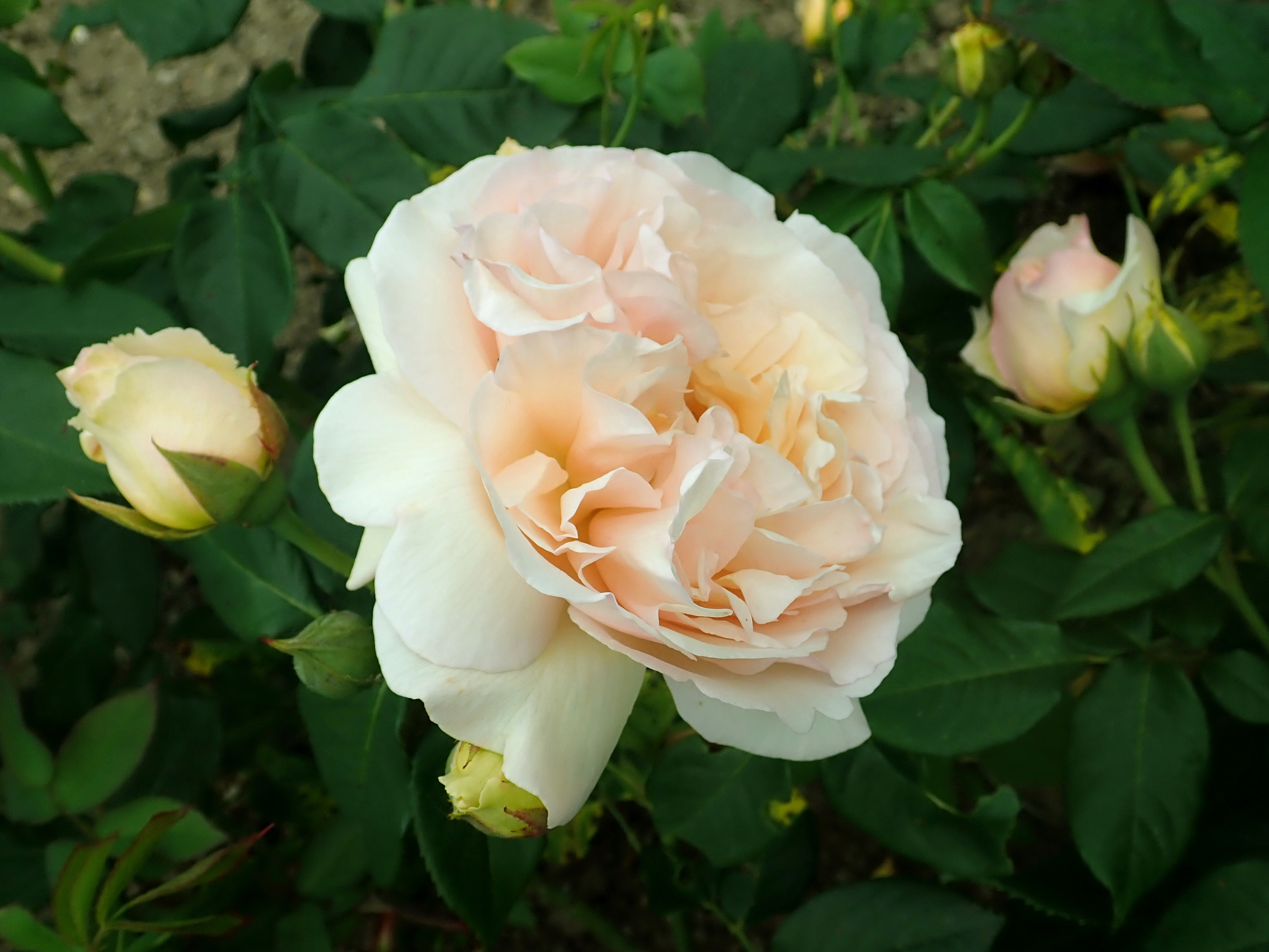
‘Nicole Mioulane’, Dominique Massad, 2004
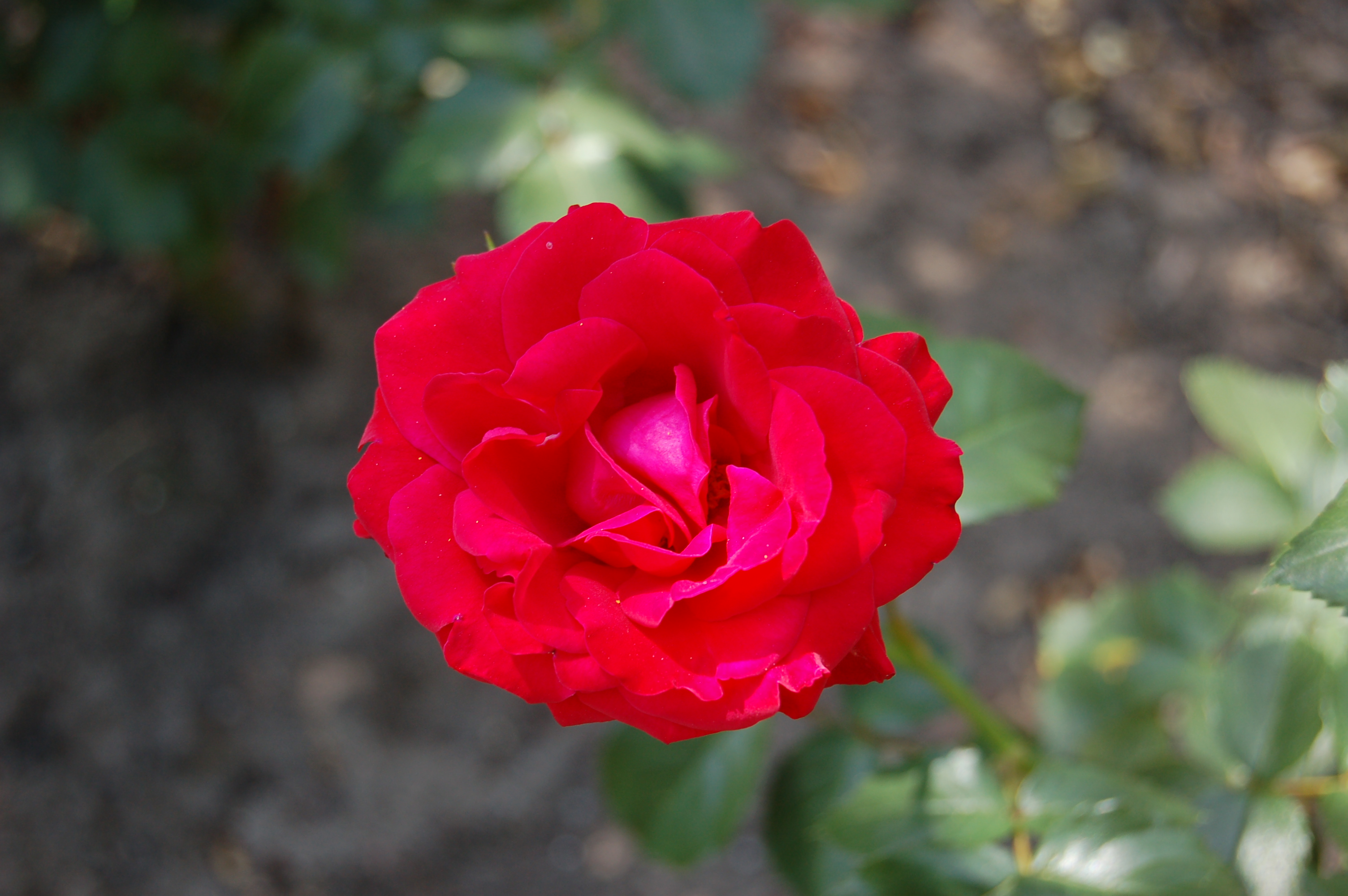
‘Nina Weibull’, Poulsen, 1961
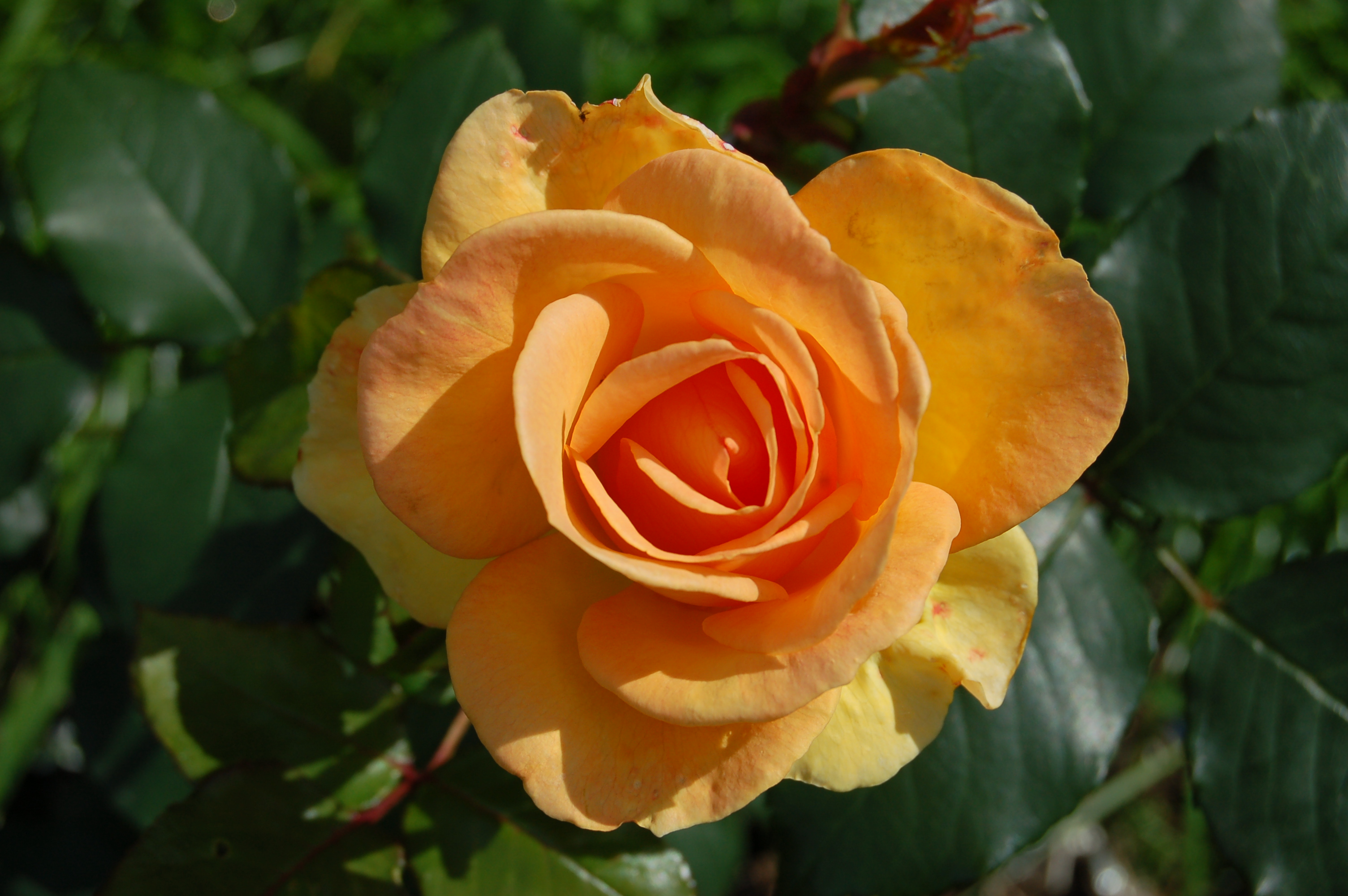
‘Noack’s Überraschung’, Noack 1986
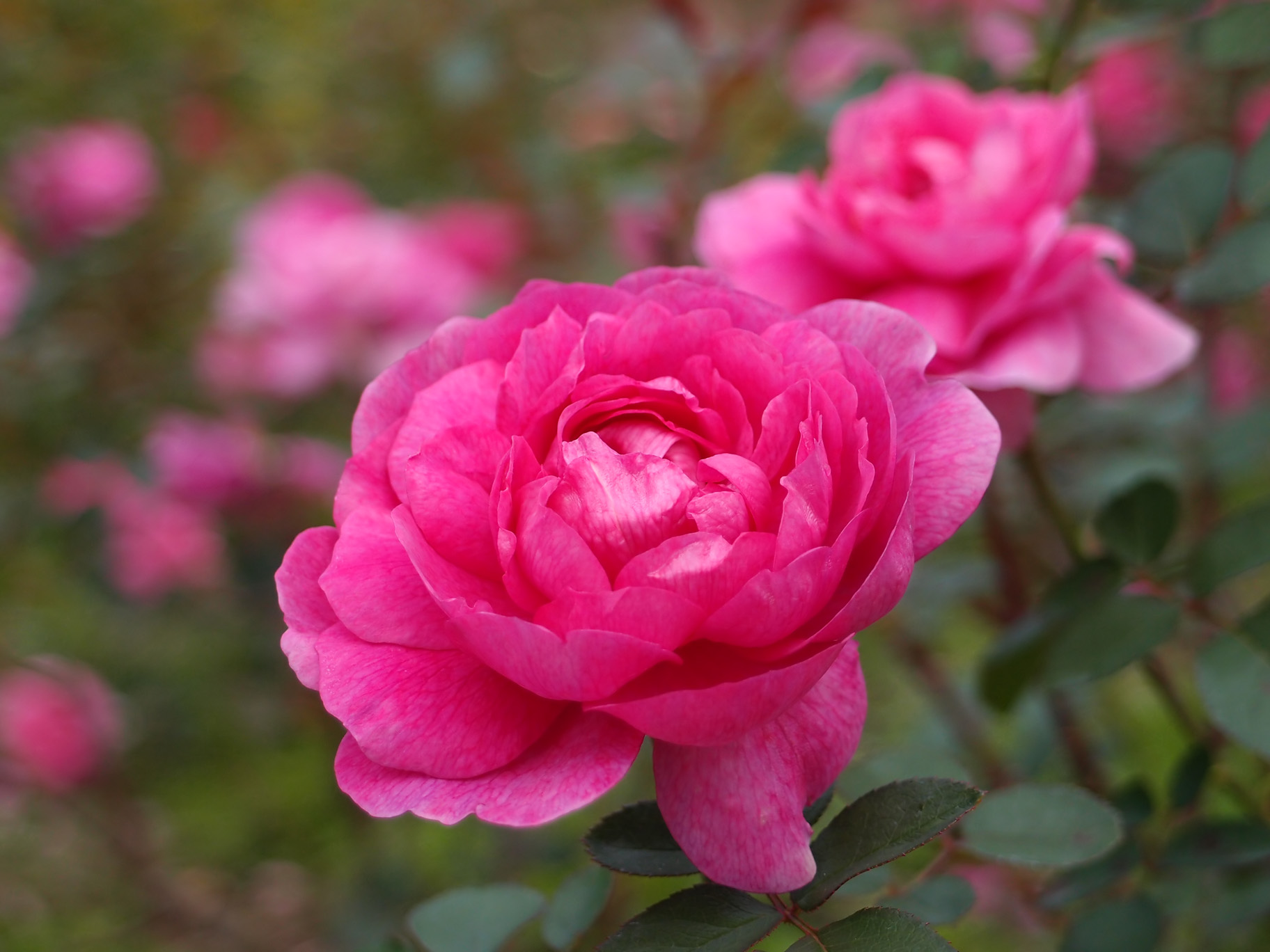
‘Noble Antony’, David Austin, 1993
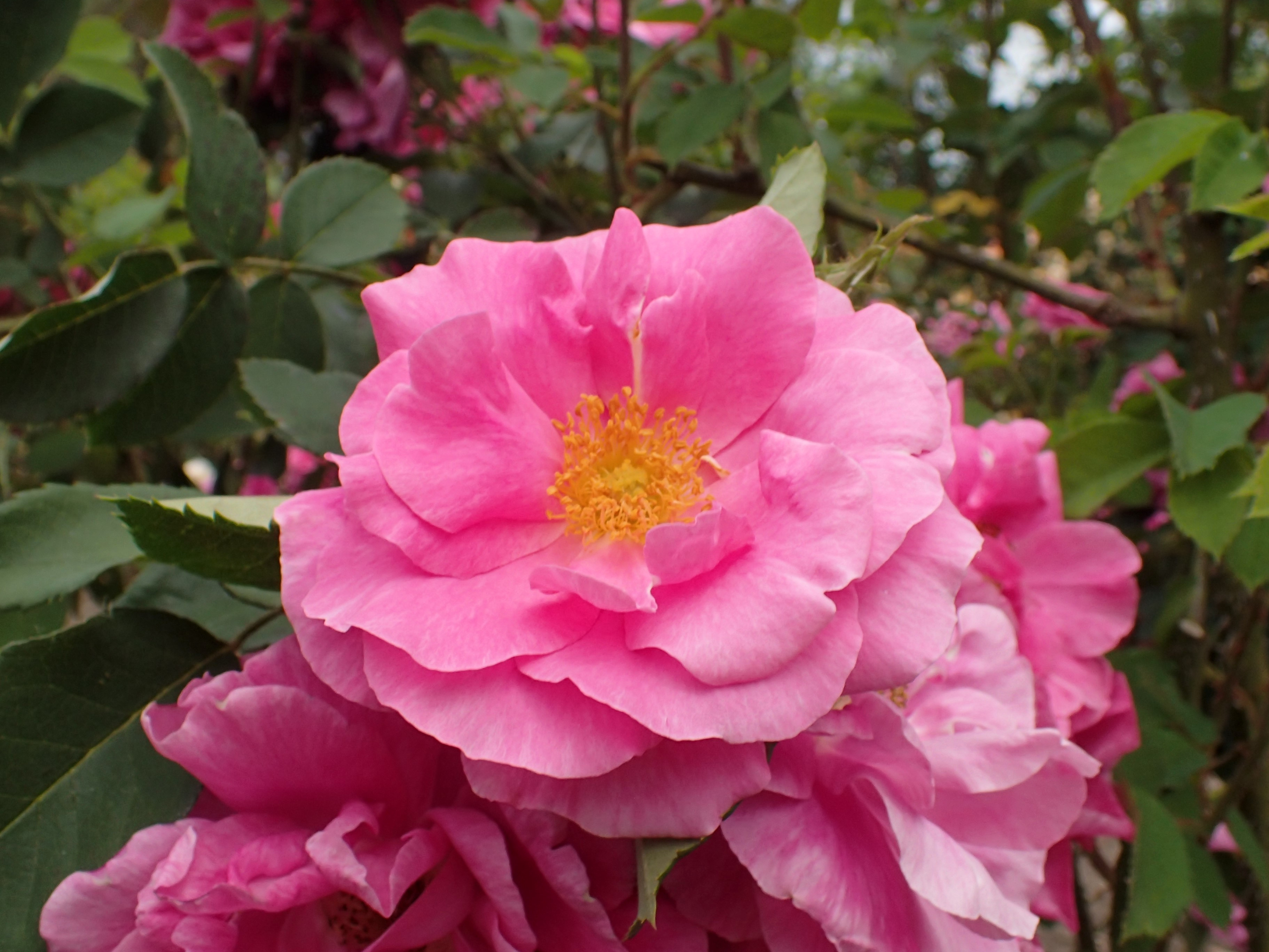
‘Nordhausen’, Max Krause, 1940
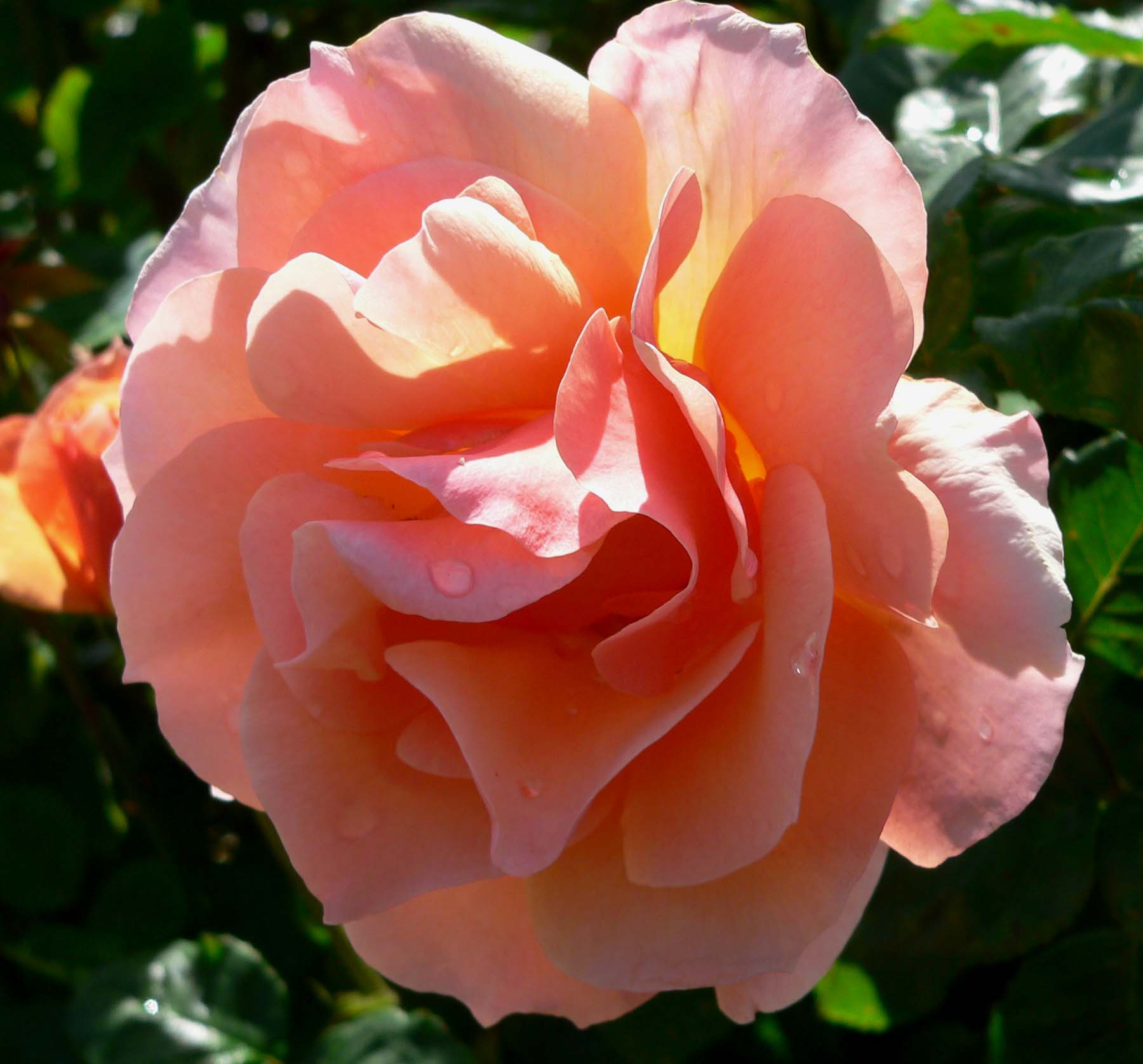
‘Norwich Castle’, Peter Beales, 1979
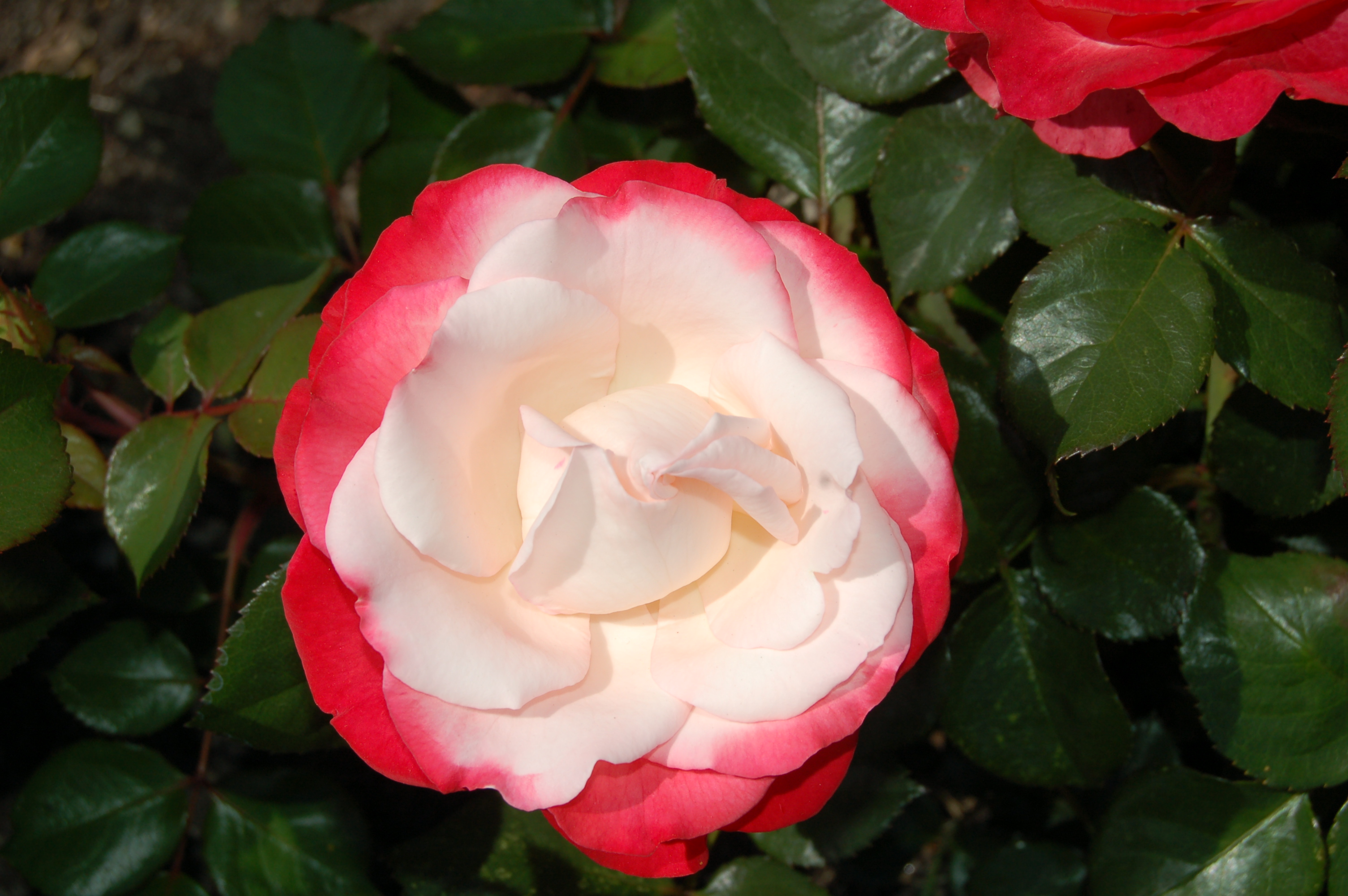
‘Nostalgie’, Tantau, 1995
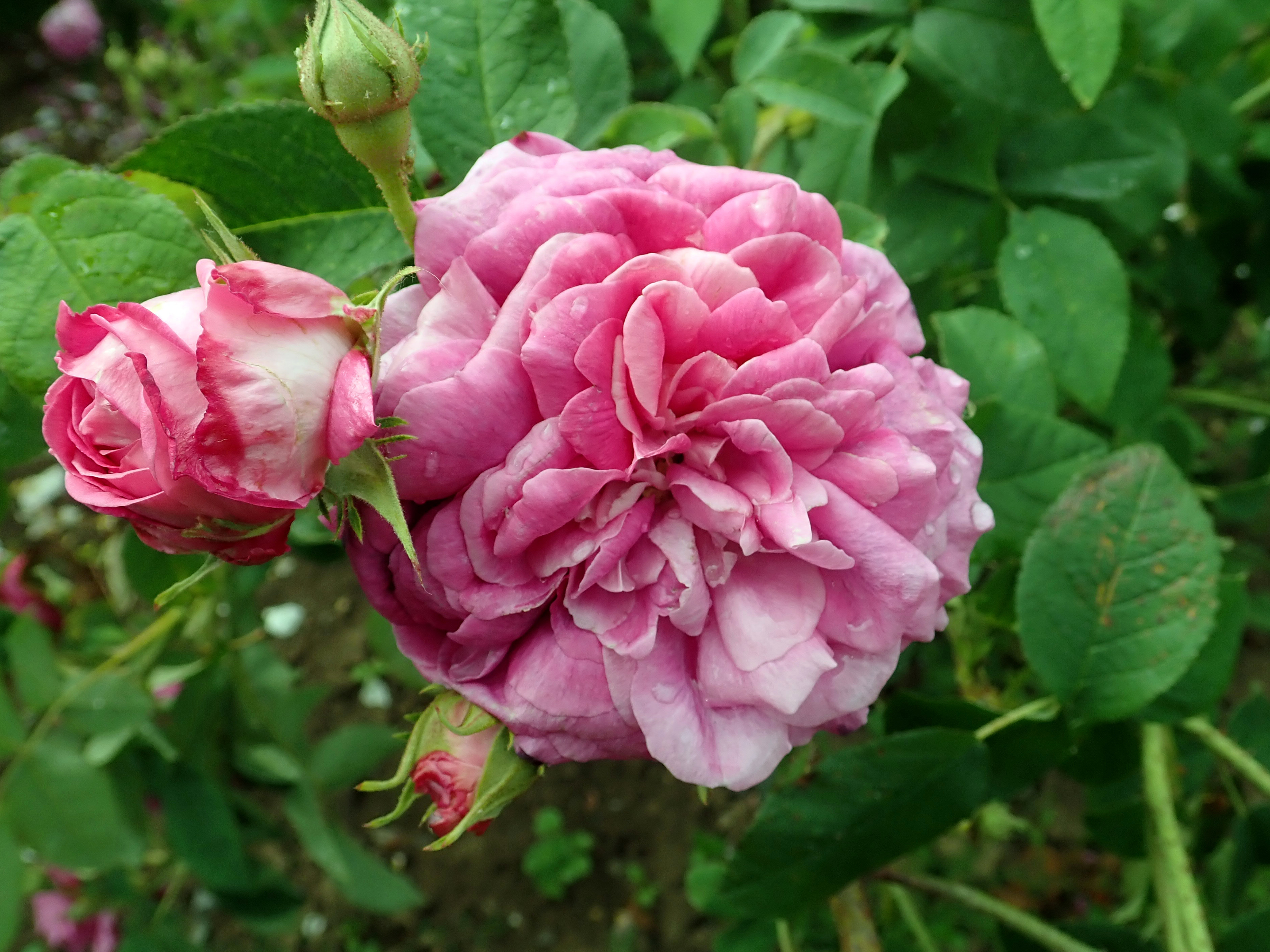
‘Nouveau Vulcain’, um 1820
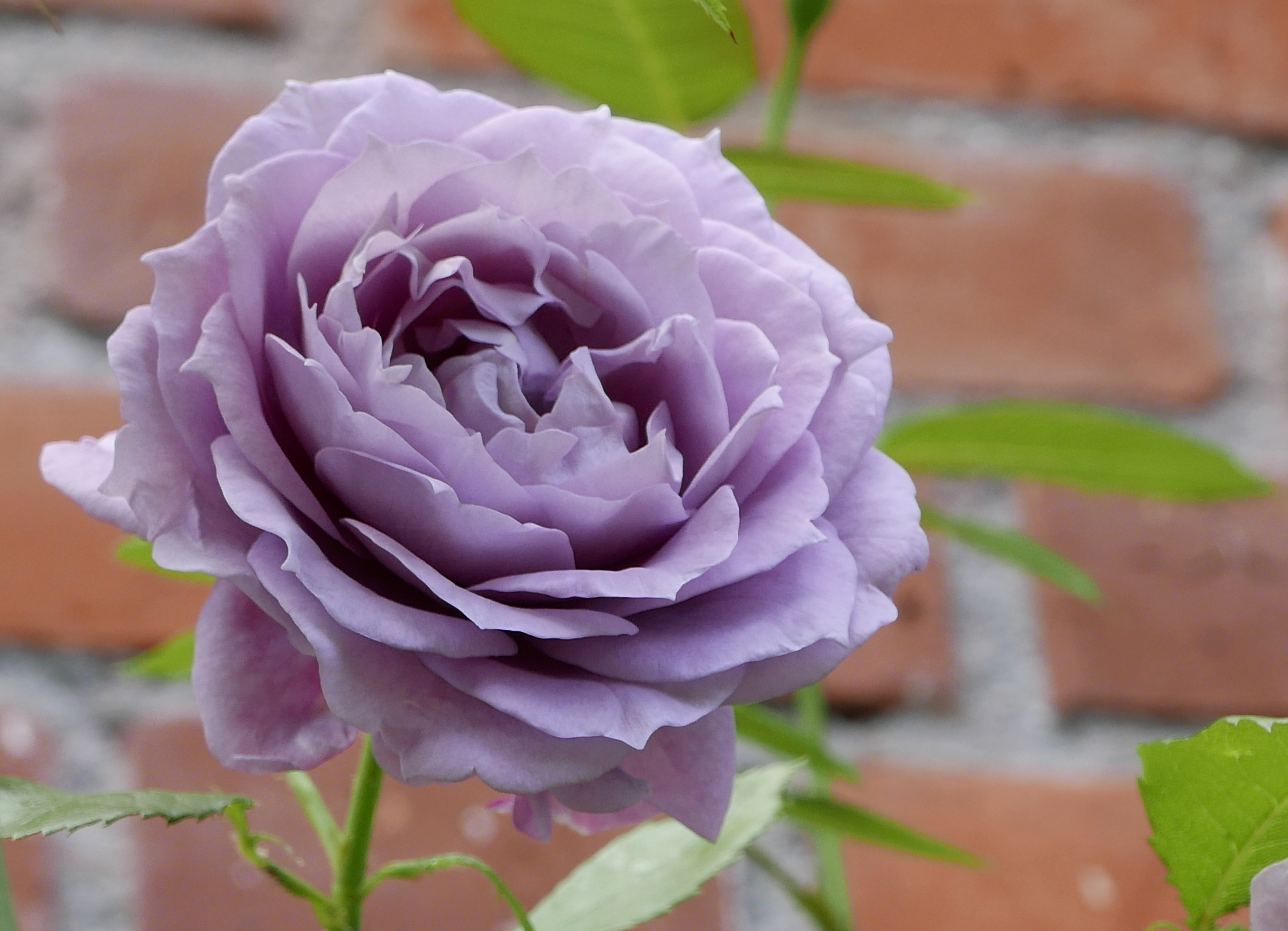
‘Novalis’, Kordes, 2010
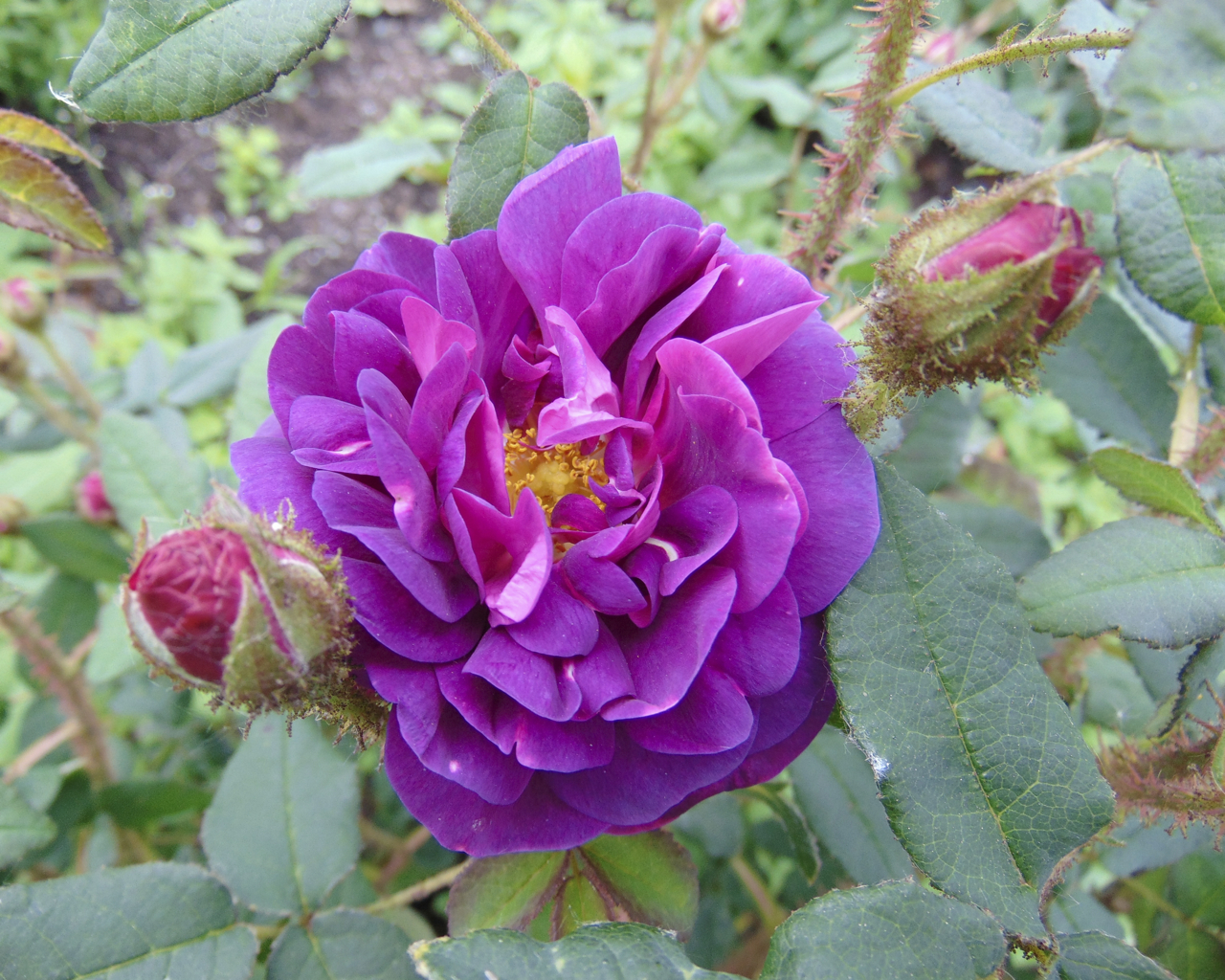
‘Nuits de Young’, Laffay, 1845
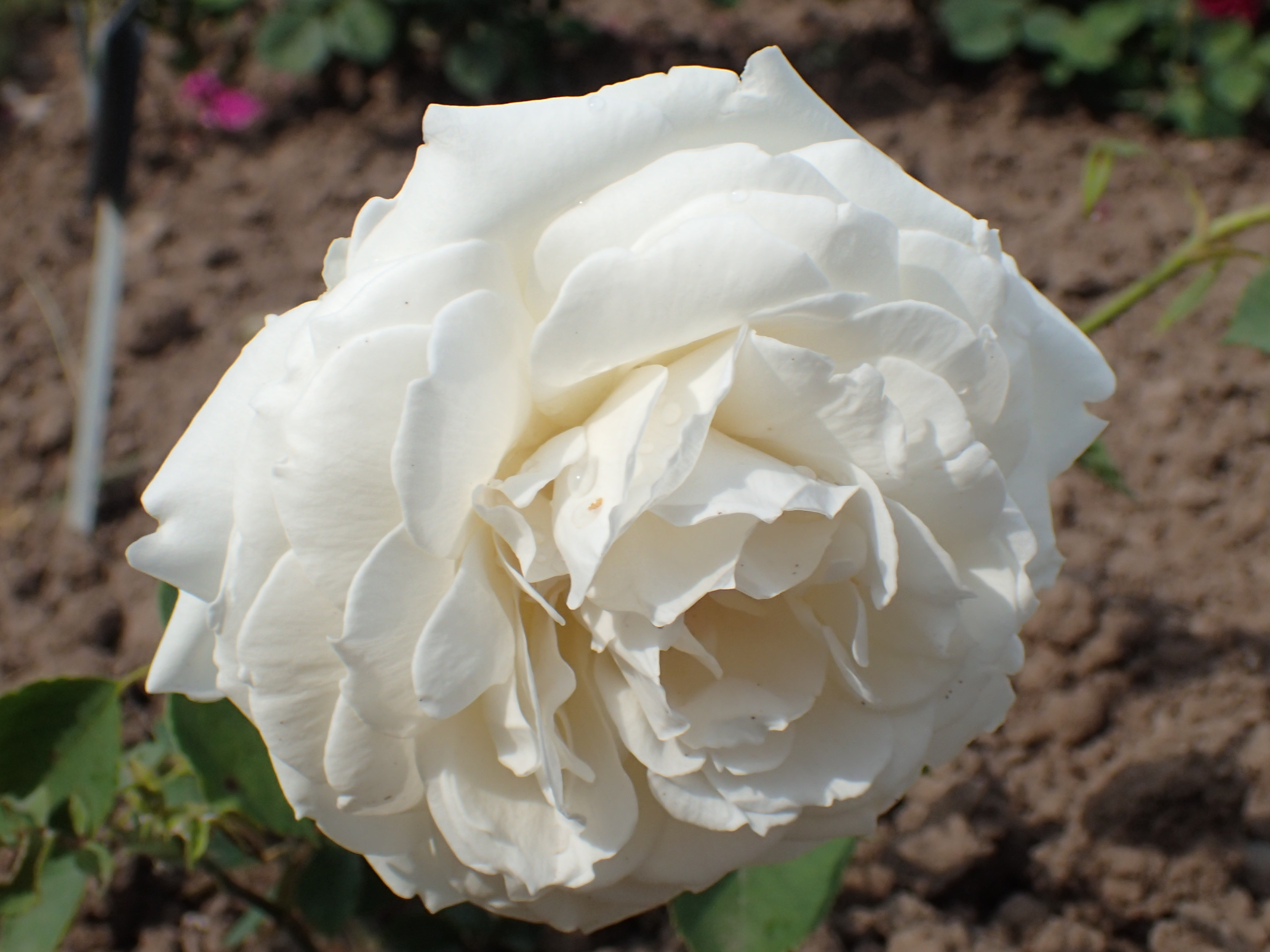
‘Nuntius Pacelli’, Gebr. Leenders, 1929
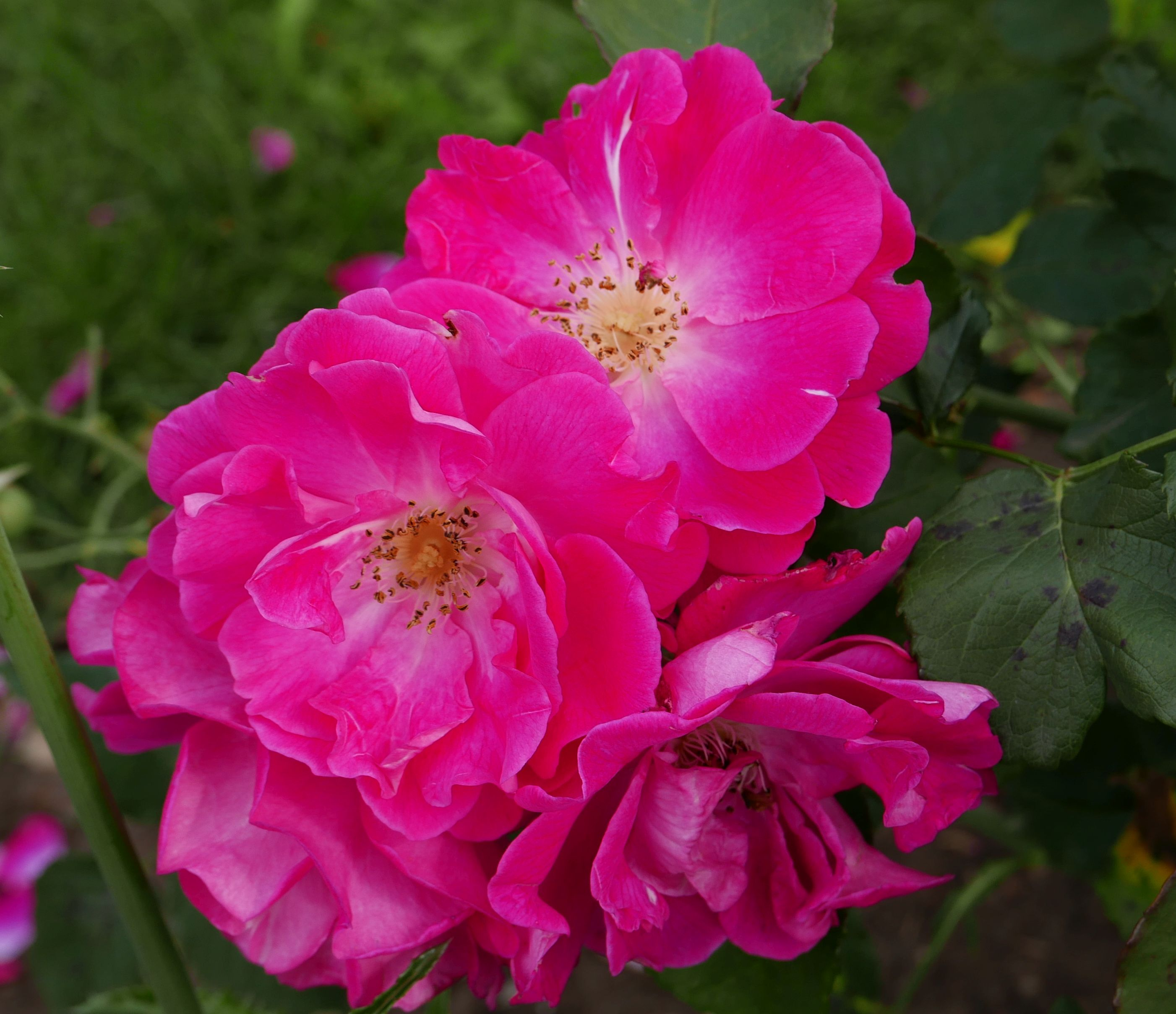
‘Nur Mahál’, Pemberton, 1923
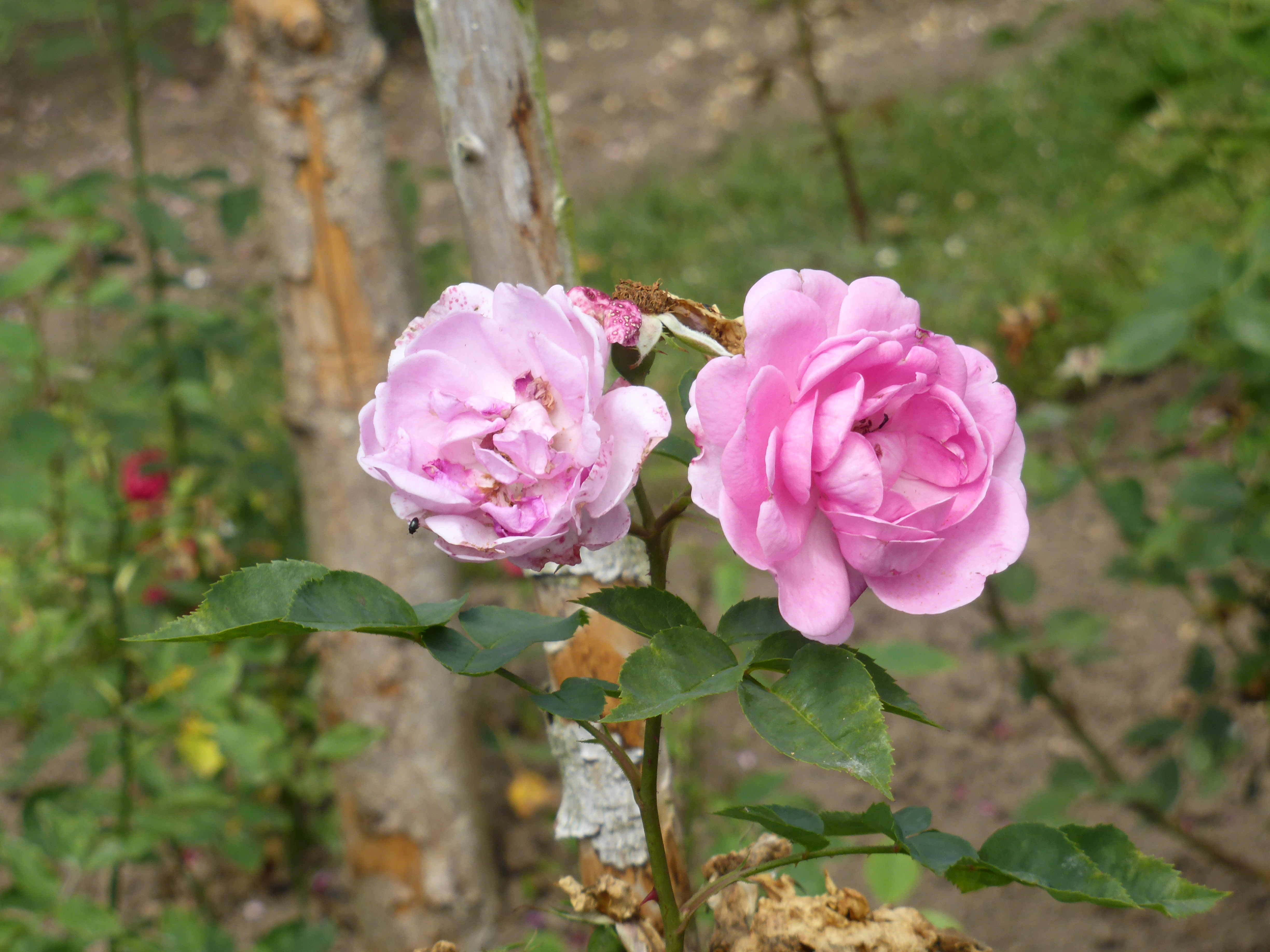
‘Nymphe Egeria’, Geschwind, 1893
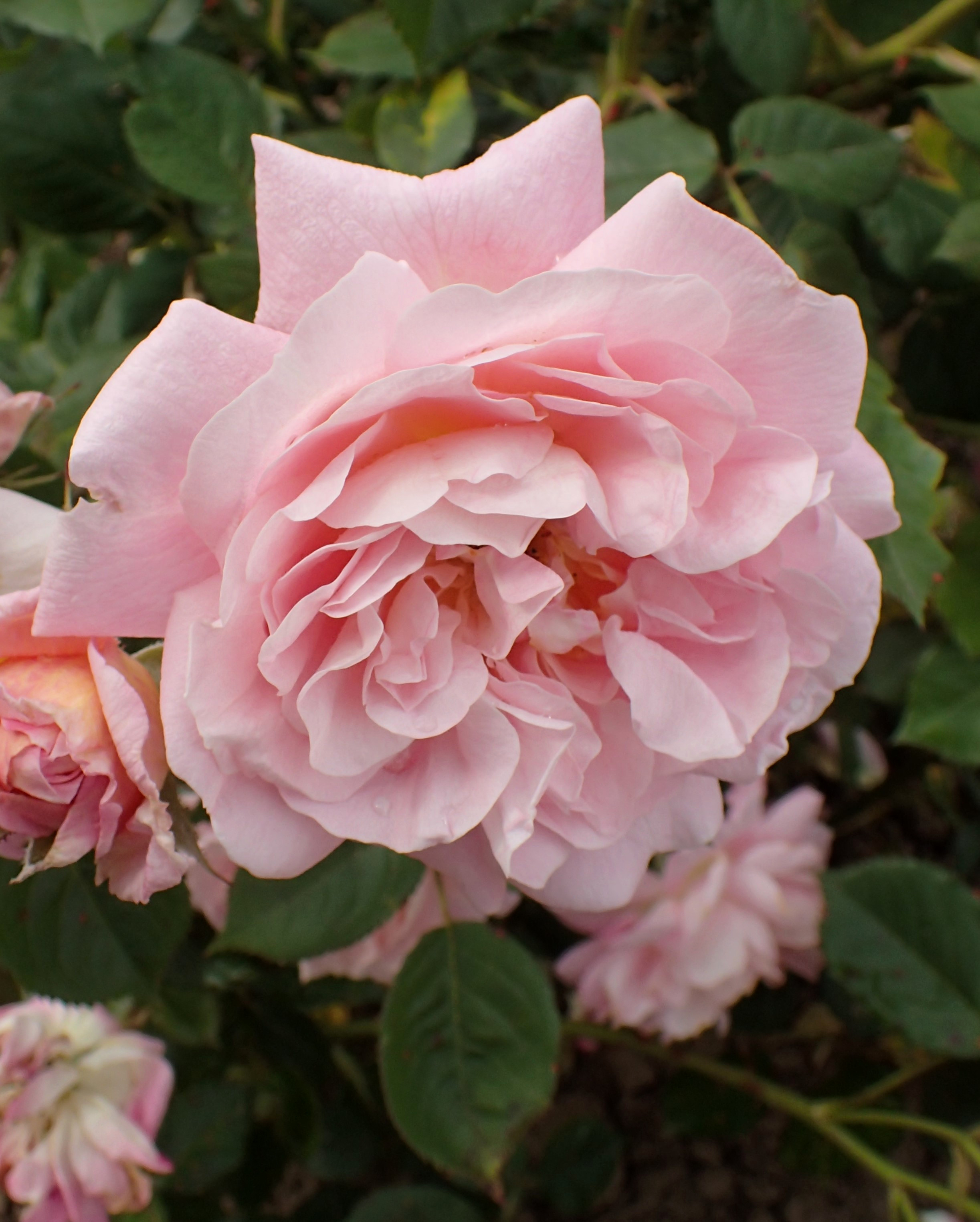
‘Nymphenburg’, Kordes, 1954

## O

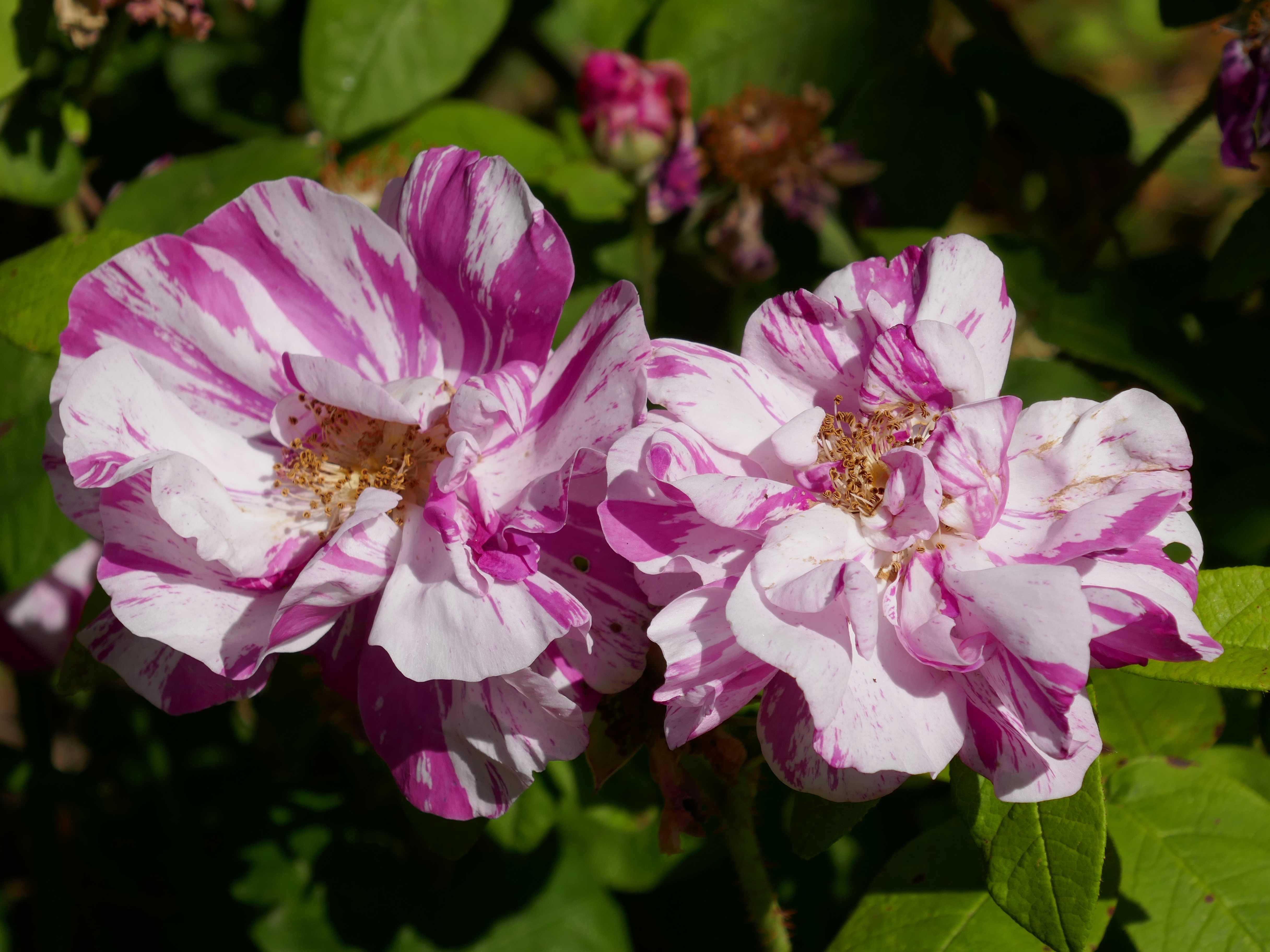
‘Oeillet Parfait’, Foulard, 1941
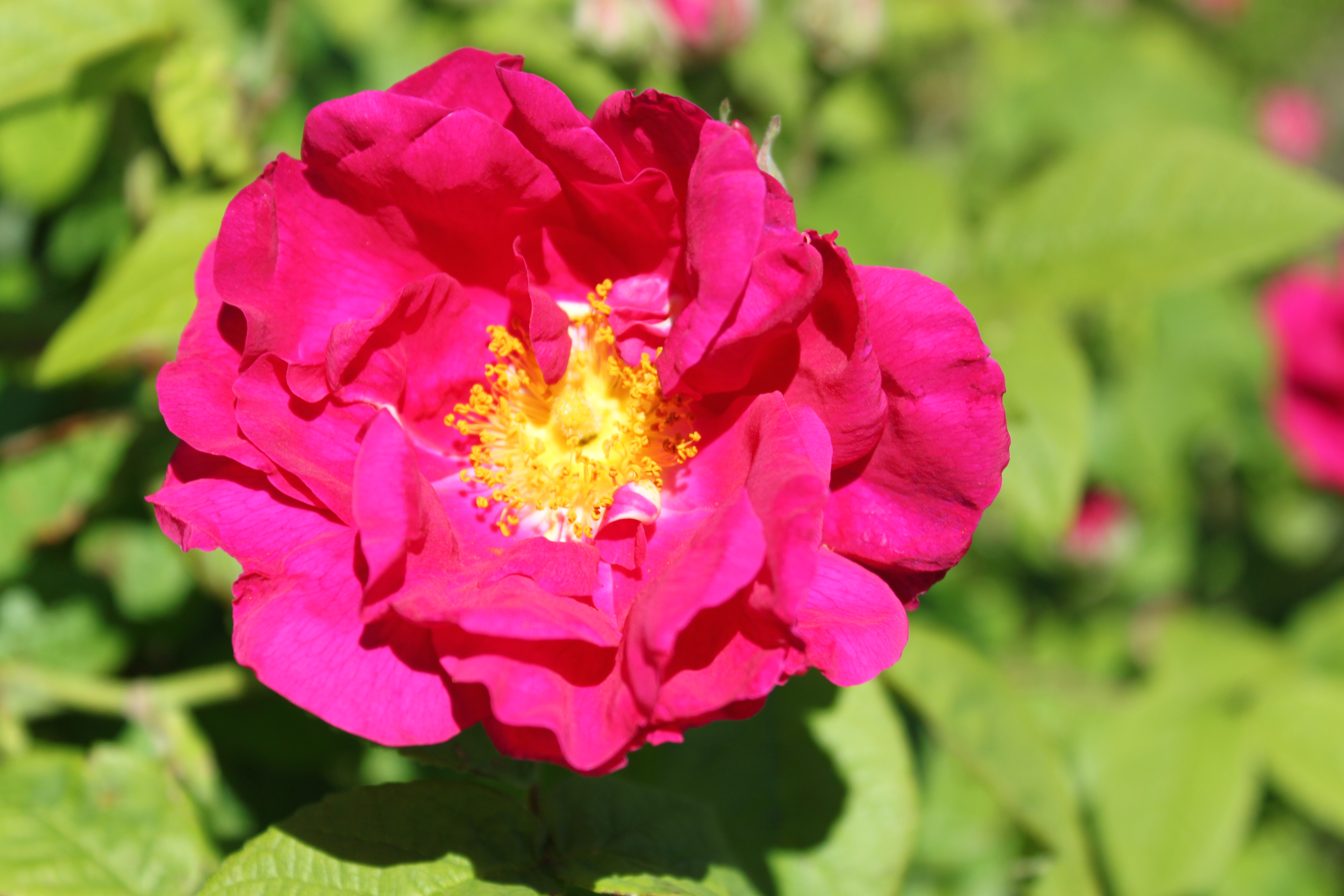
‘Officinalis’ (oder ‘Apothekerrose’), Rosa gallica, vor 1160
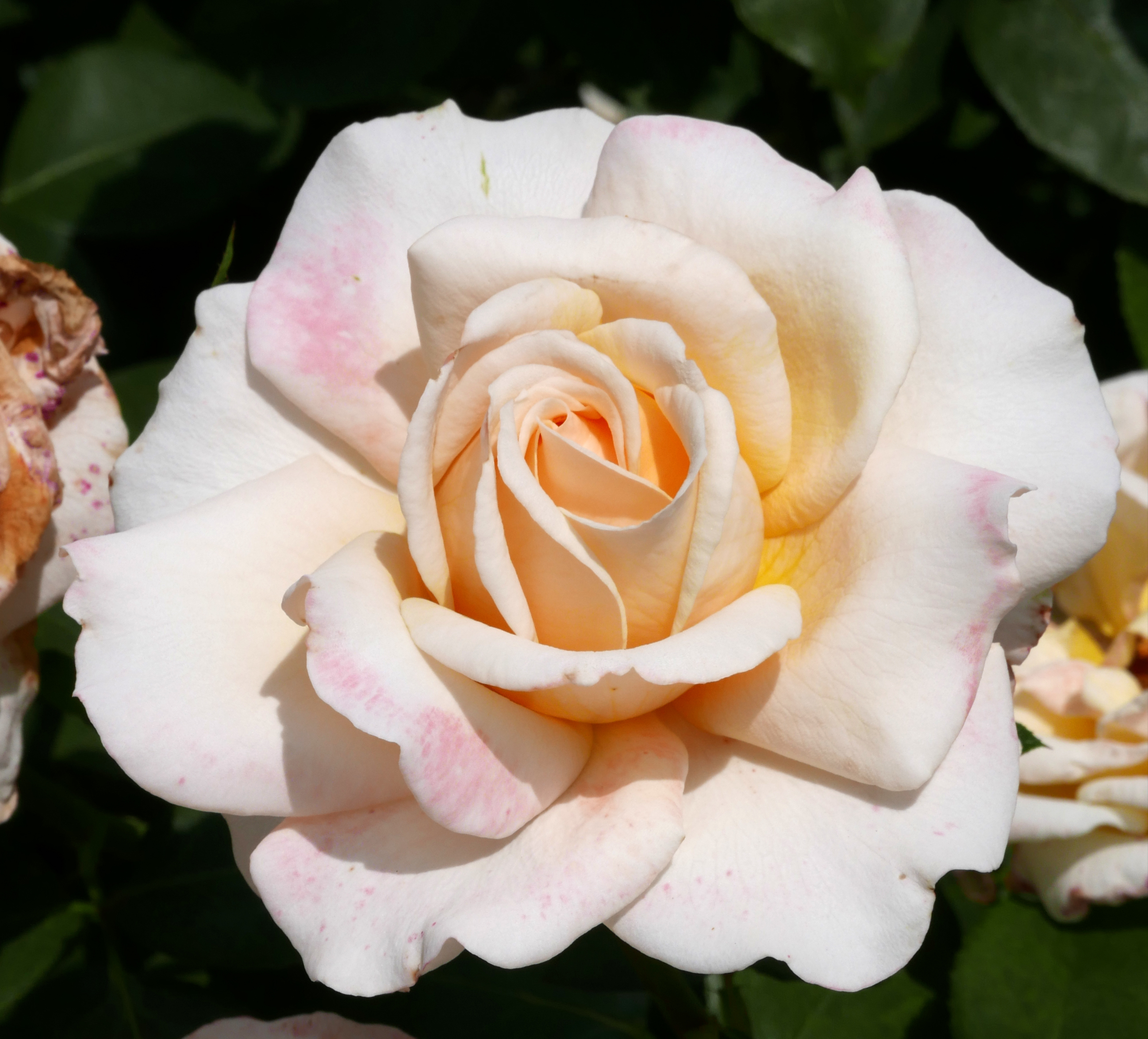
‘Oh Happy Day’, Kordes, 2015
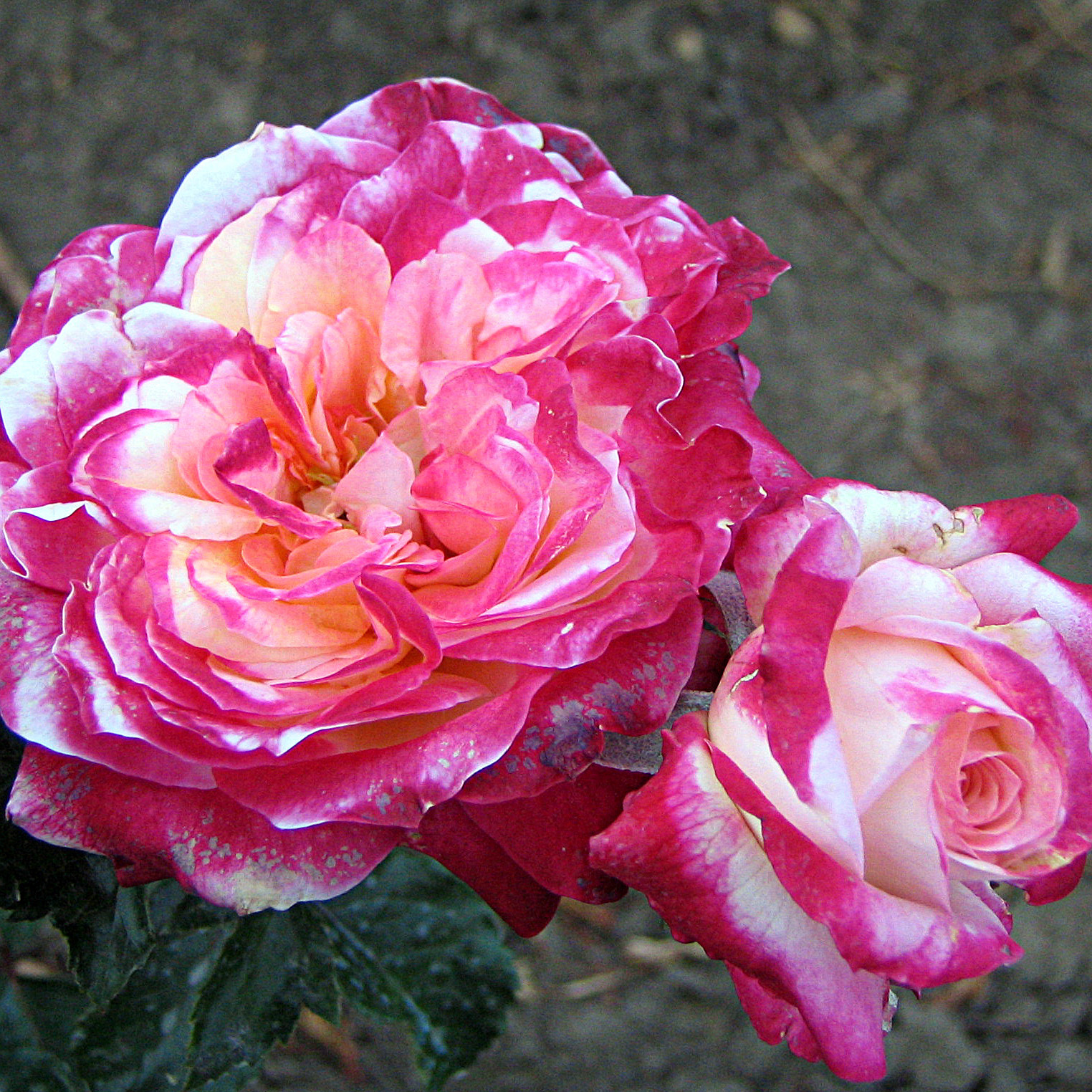
‘Olah’, unbekannt
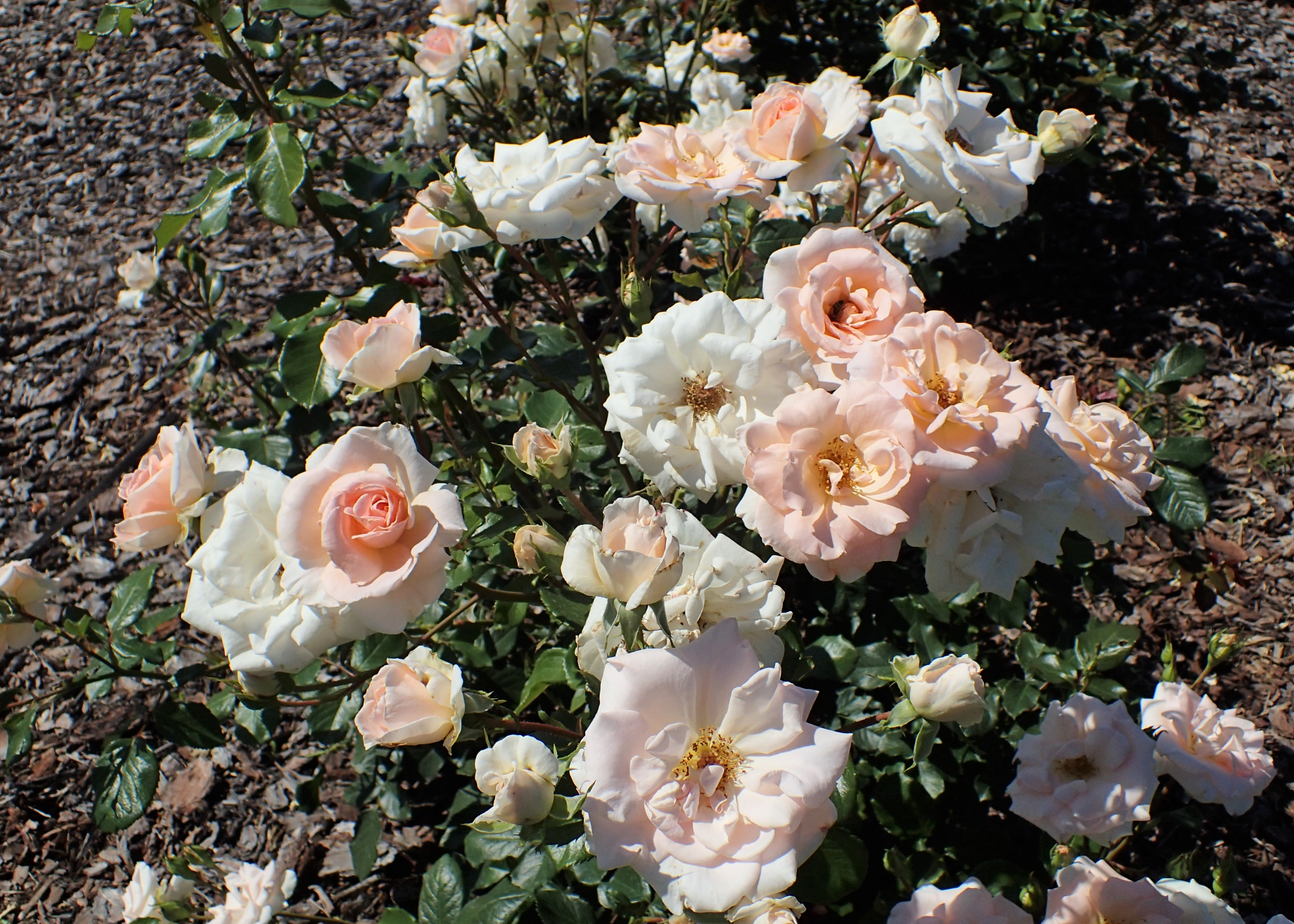
‘Ola Wolska’, Adam Wolski, 1995
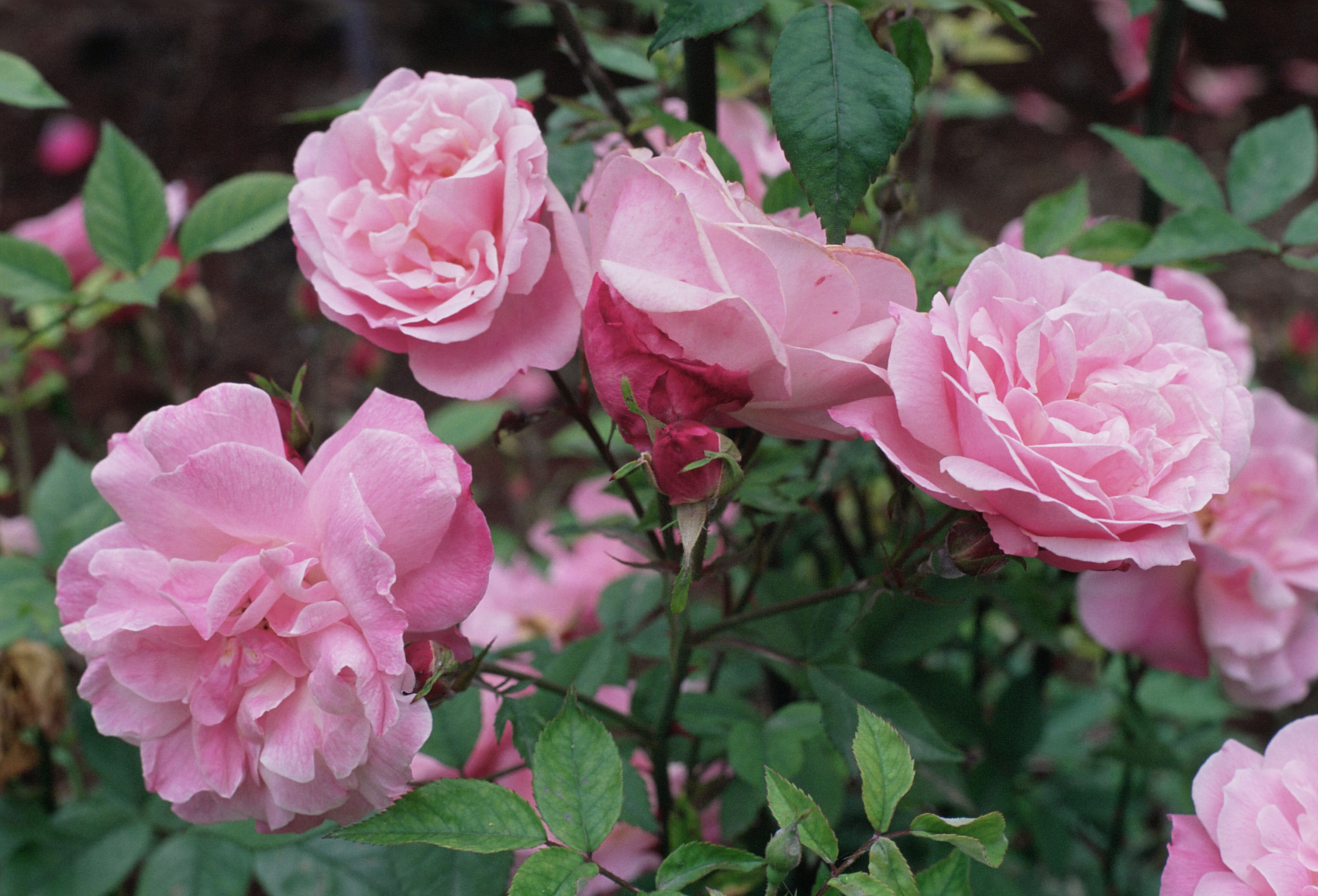
‘Old Blush China’, ?, vor 1793
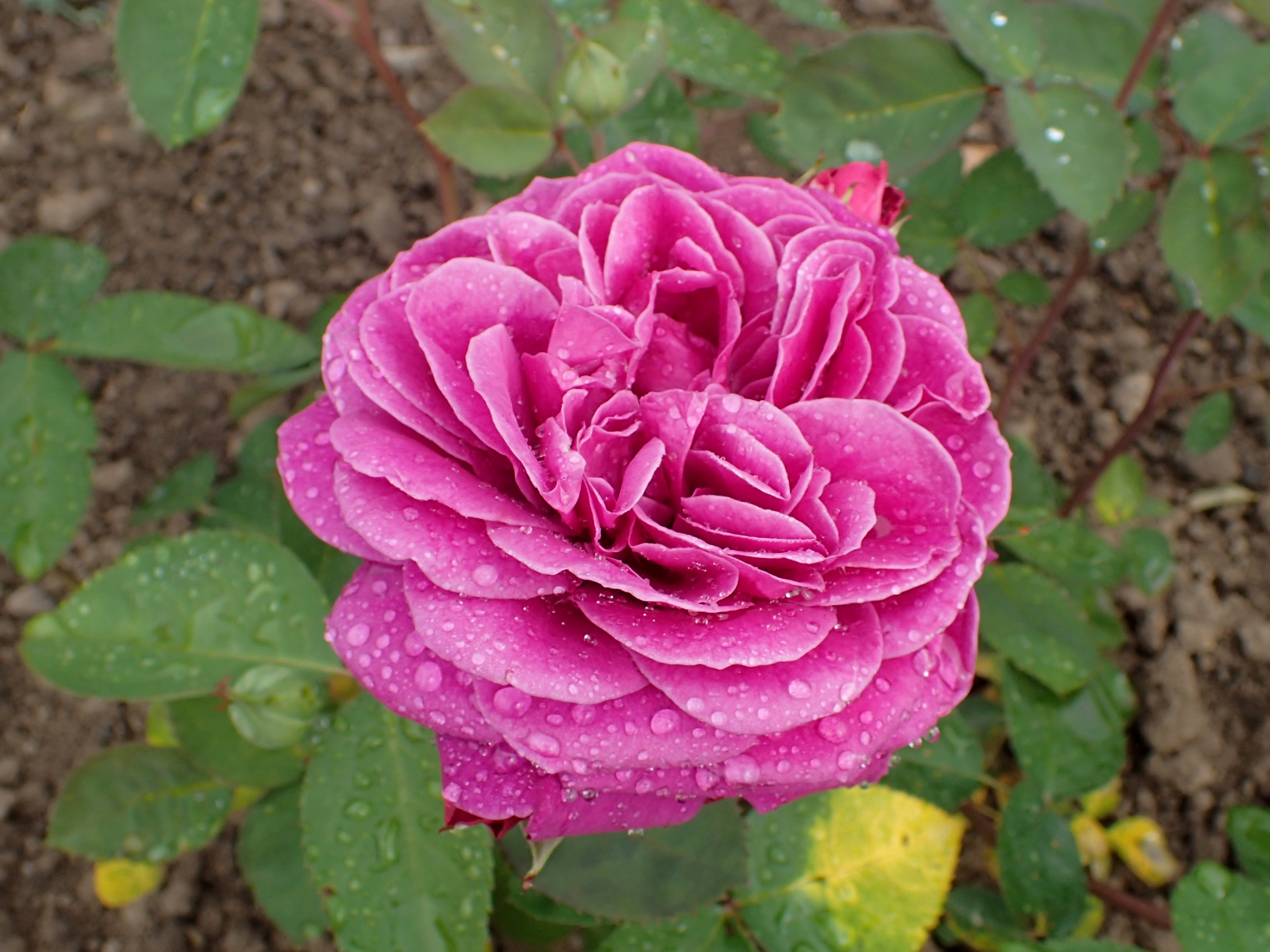
‘Old Port’, Samuel Darragh McGredy IV, 1985
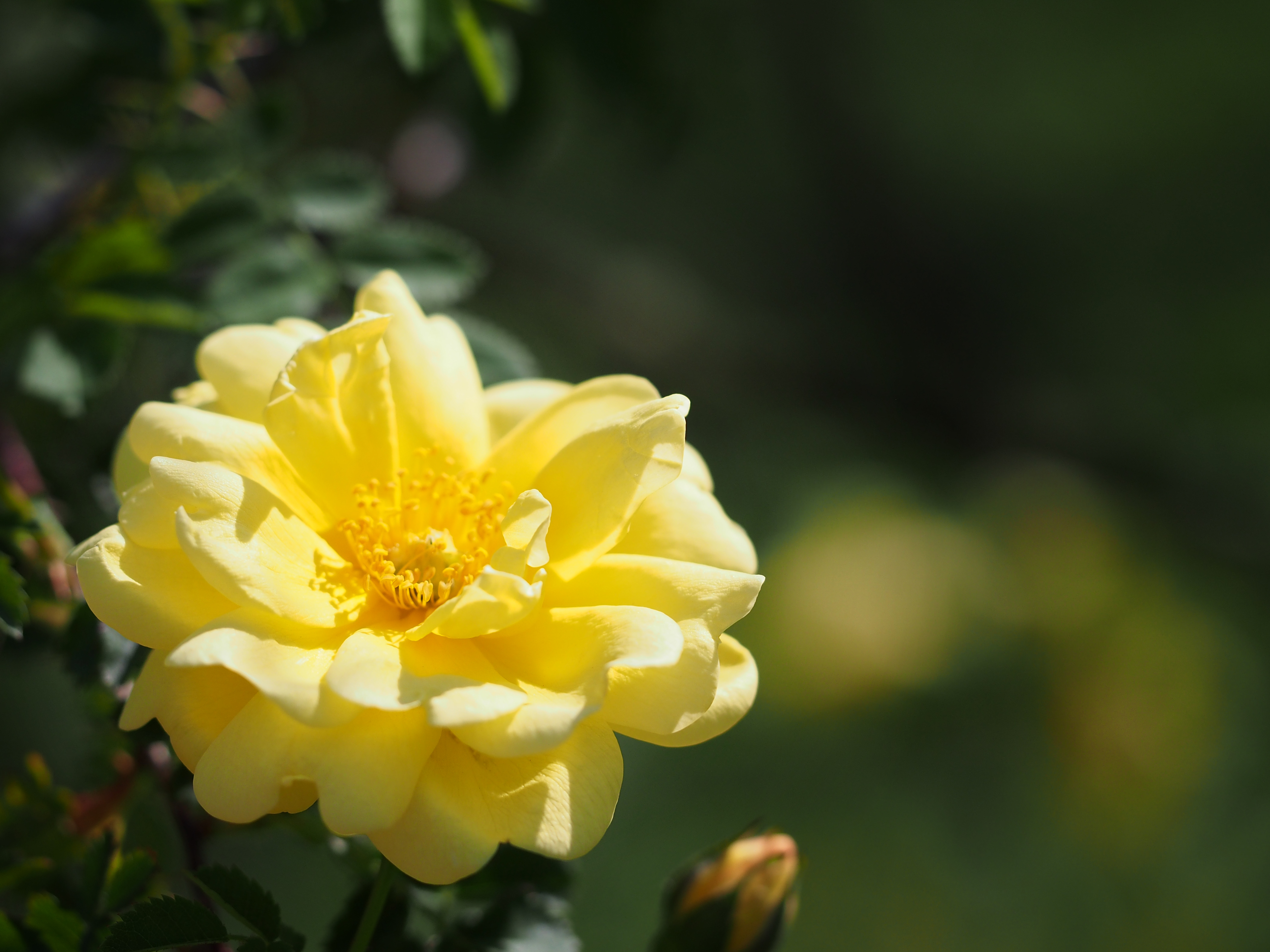
‘Old Yellow Scotch’, vor 1800
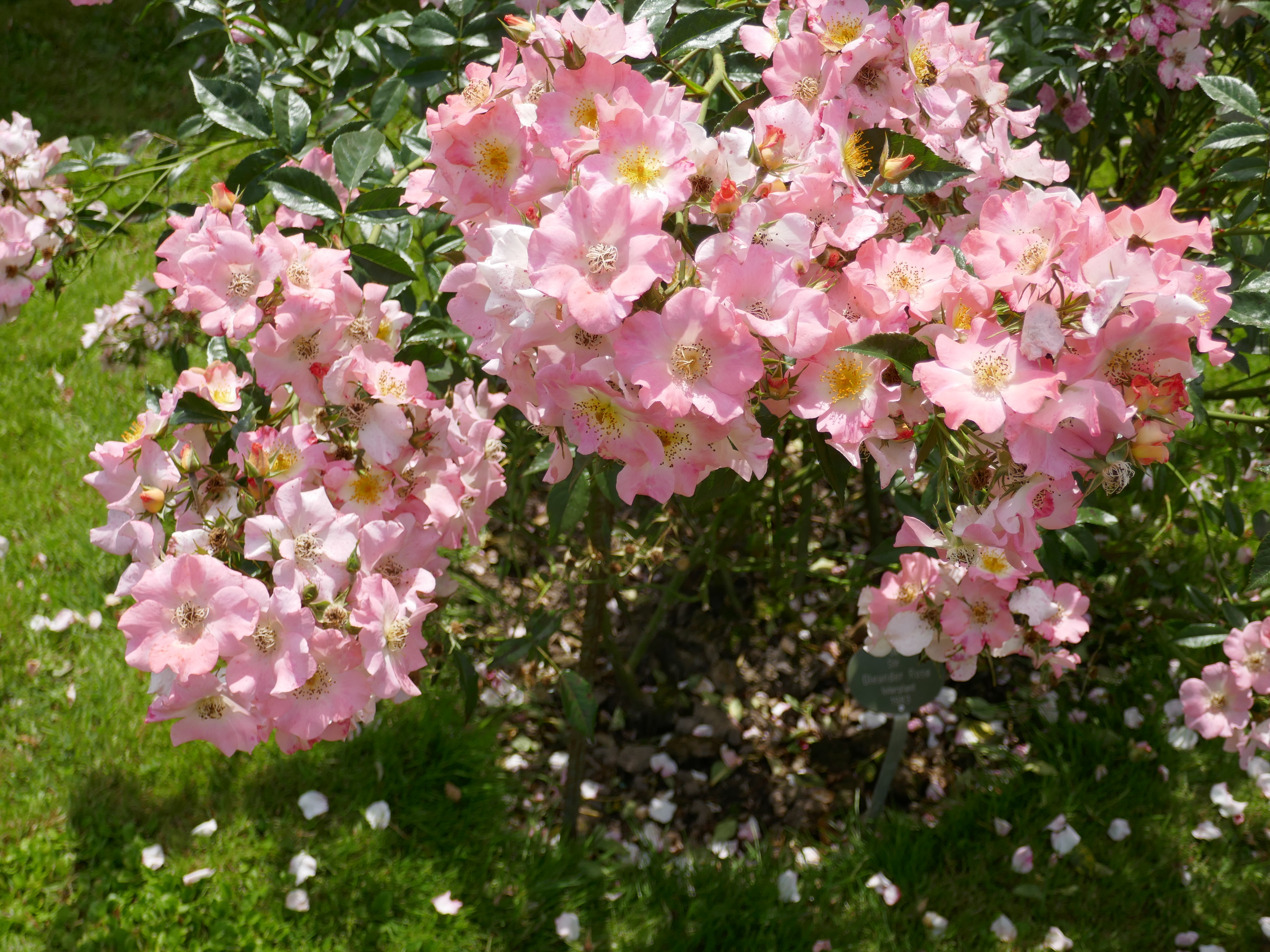
‘Oleander Rose’, Interplant, 1983
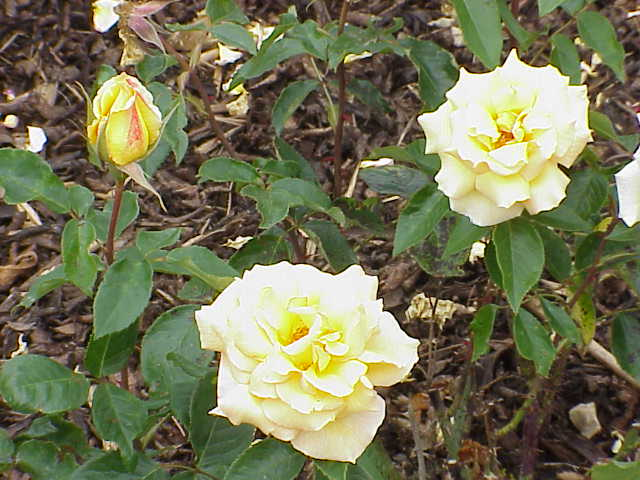
‘Olga Tschechowa’, Cocker, 1978
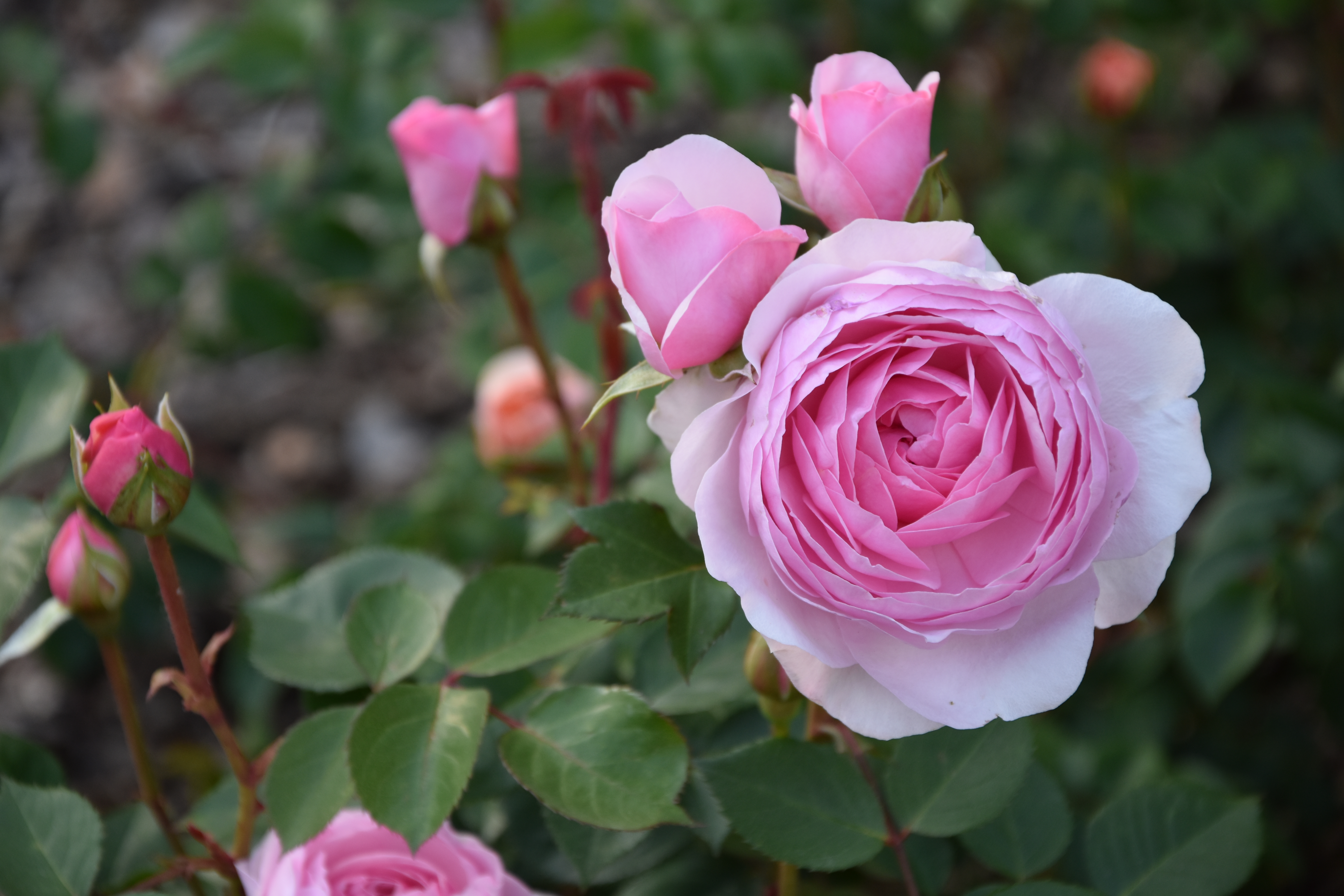
‘Olivia Rose Austin’, David Austin, 2014
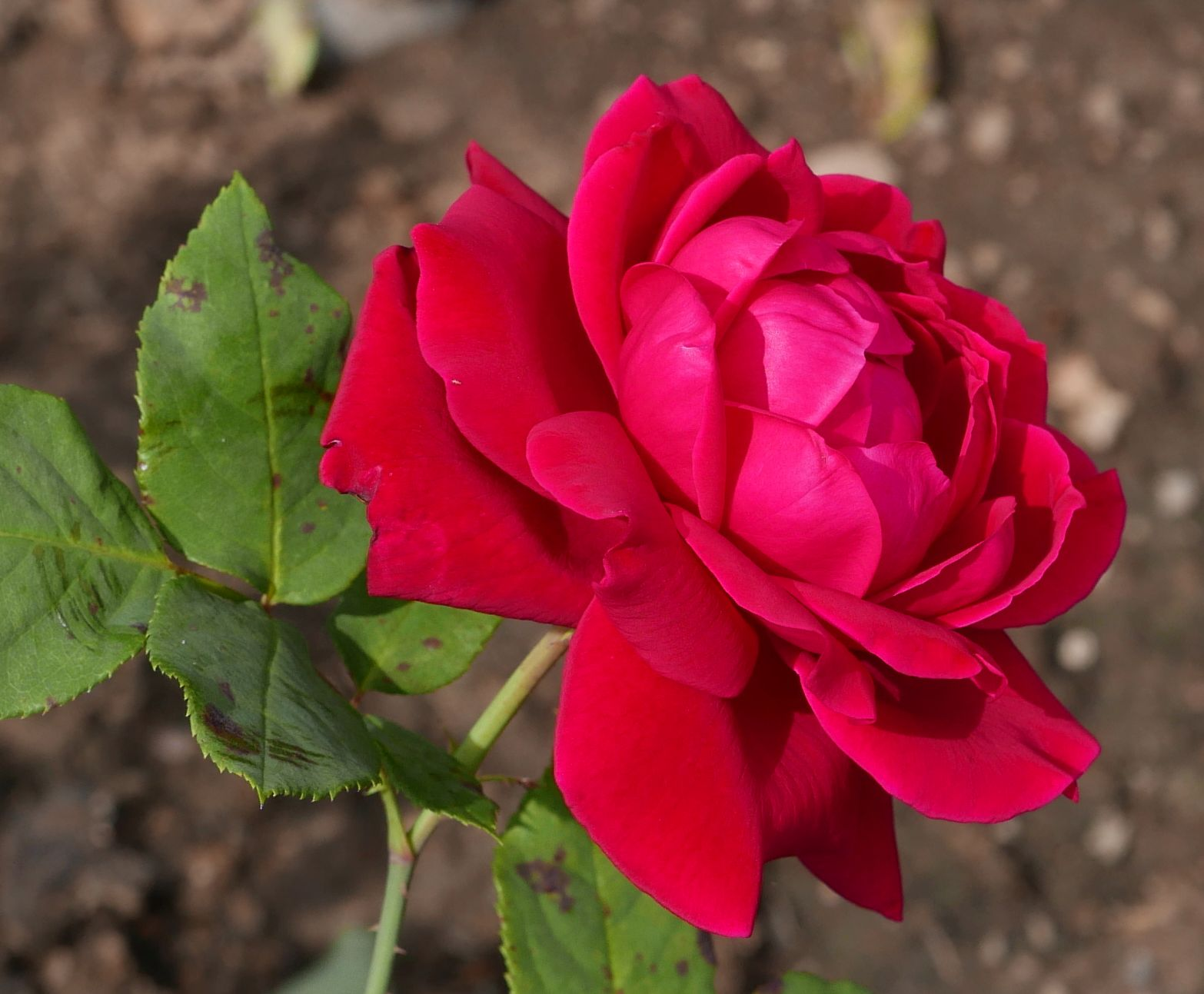
‘Olympia, Tantau, 1935
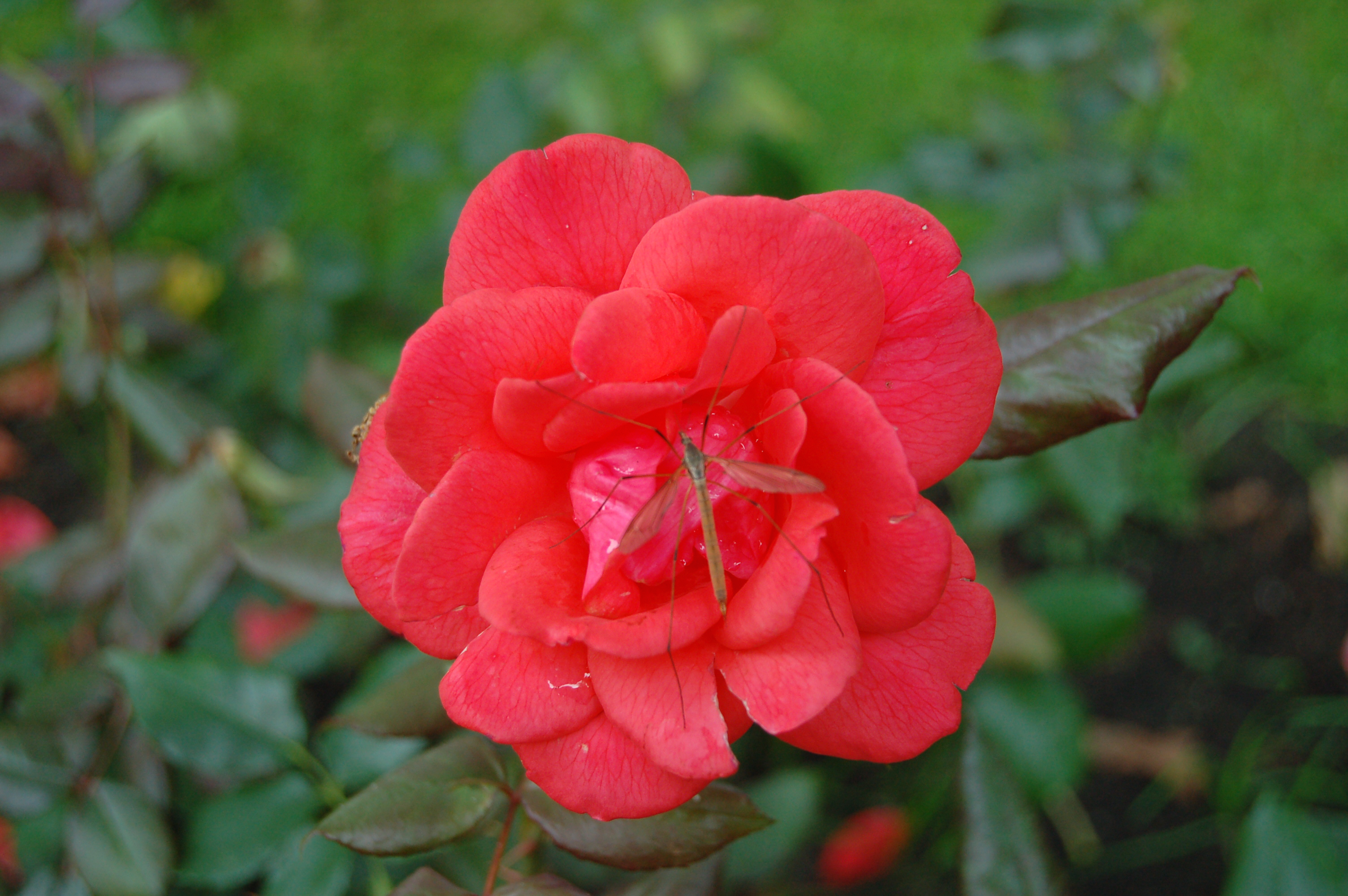
‘Olympisches Feuer 92’, Tantau, 1992
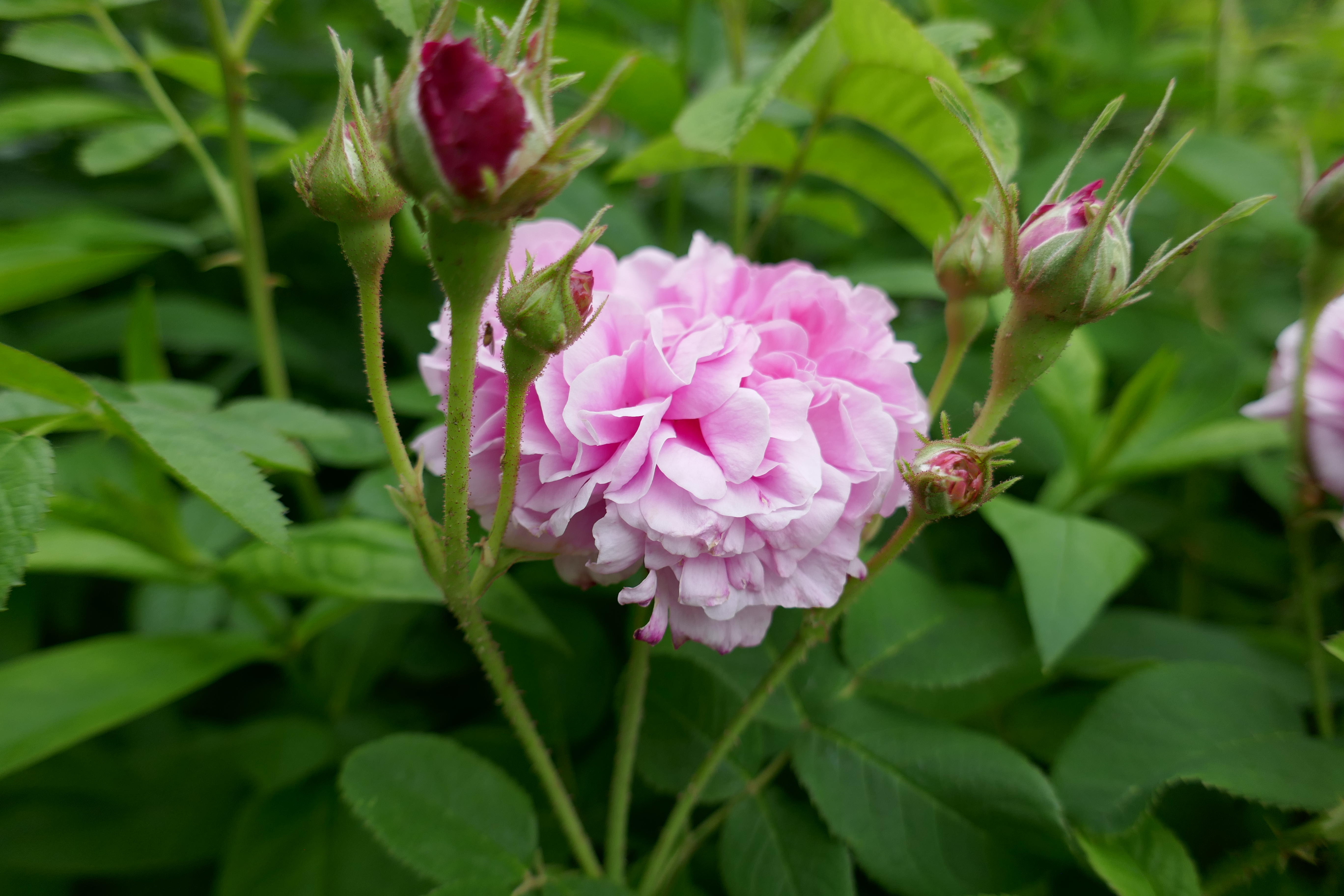
‘Omar Kayyam’, unbekannt
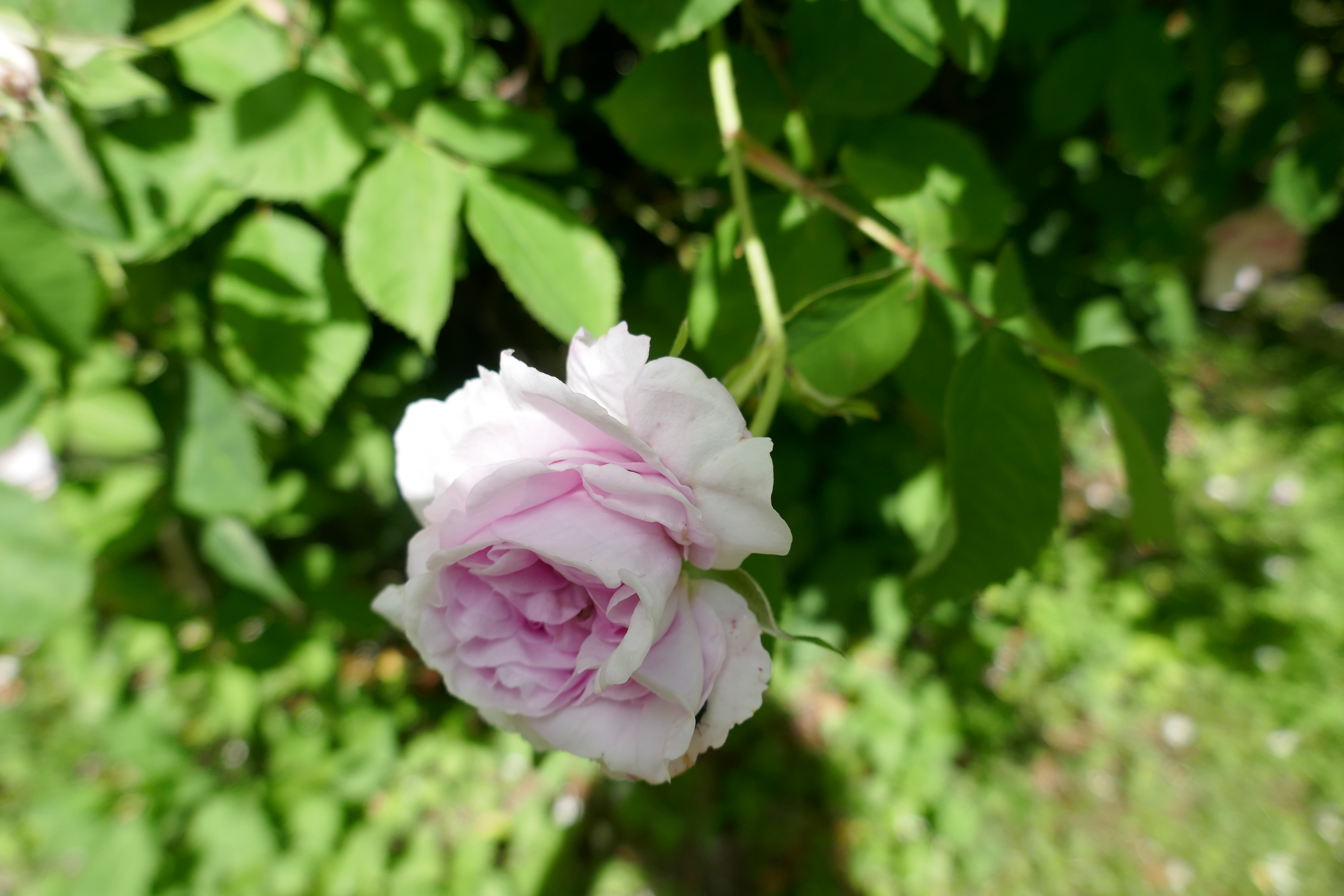
‘Omer-Pacha’, Pradel, 1853
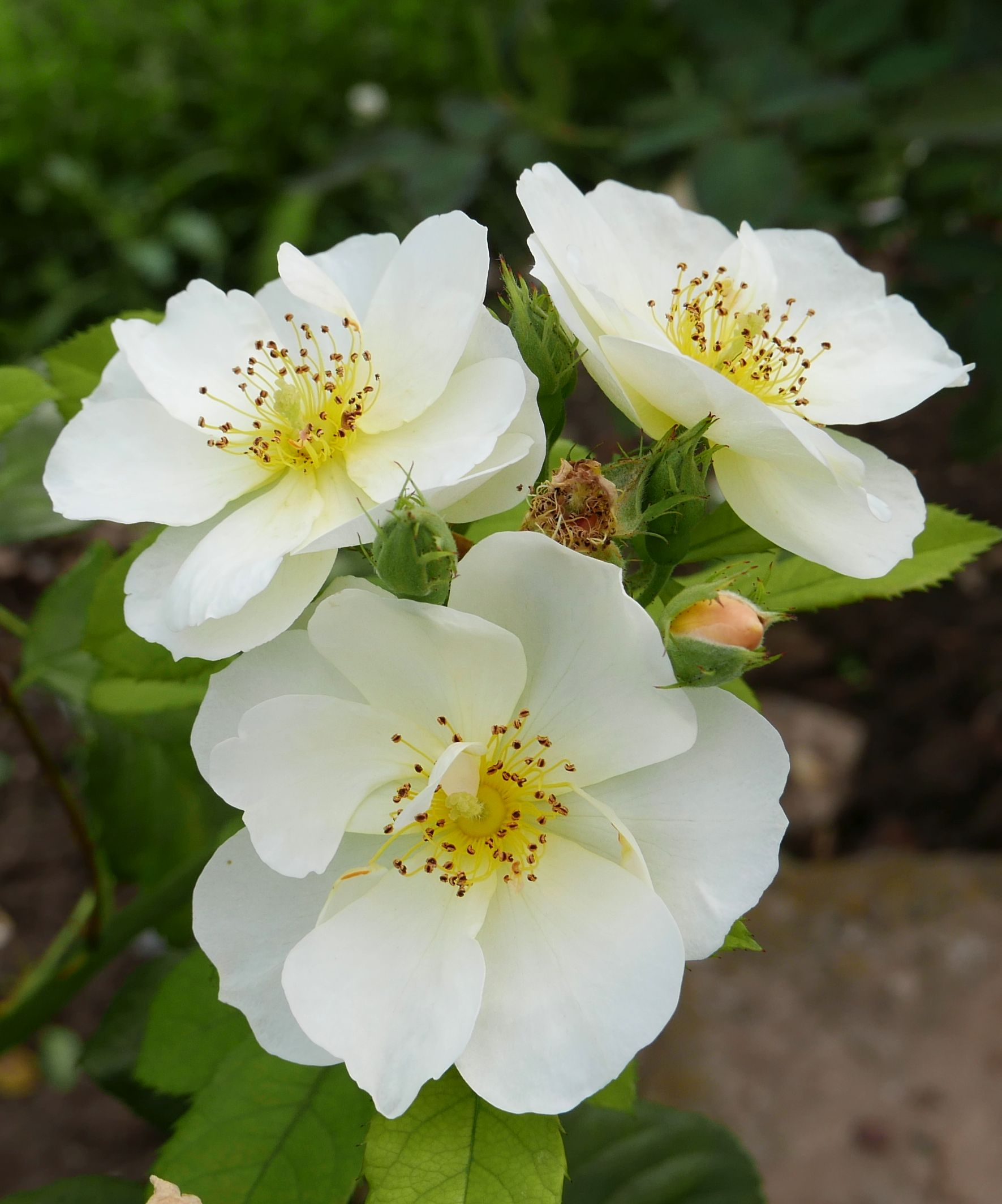
‘Omi Oswald’, Lens 1988
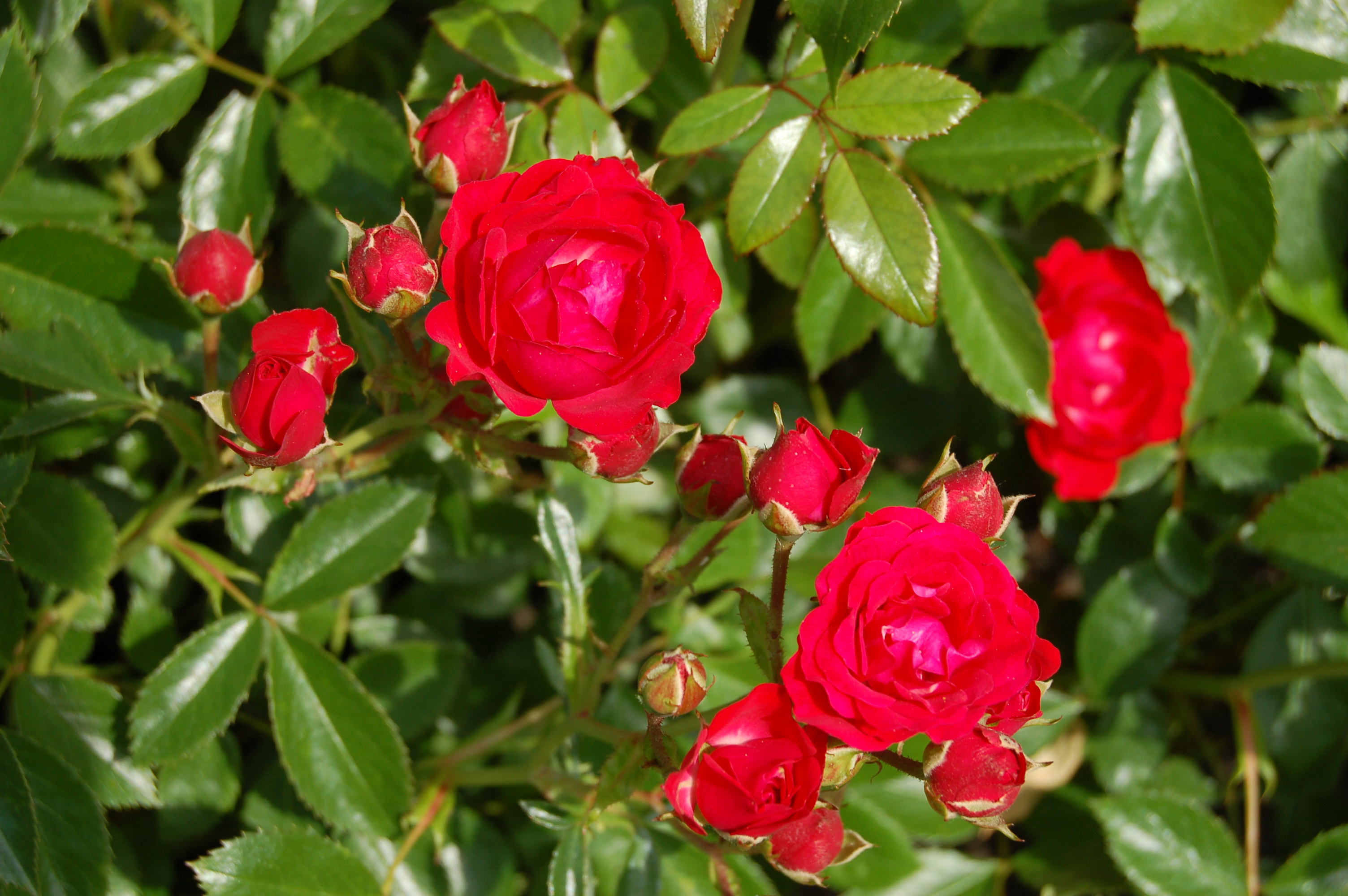
‘Ondella’, Meilland, 1995
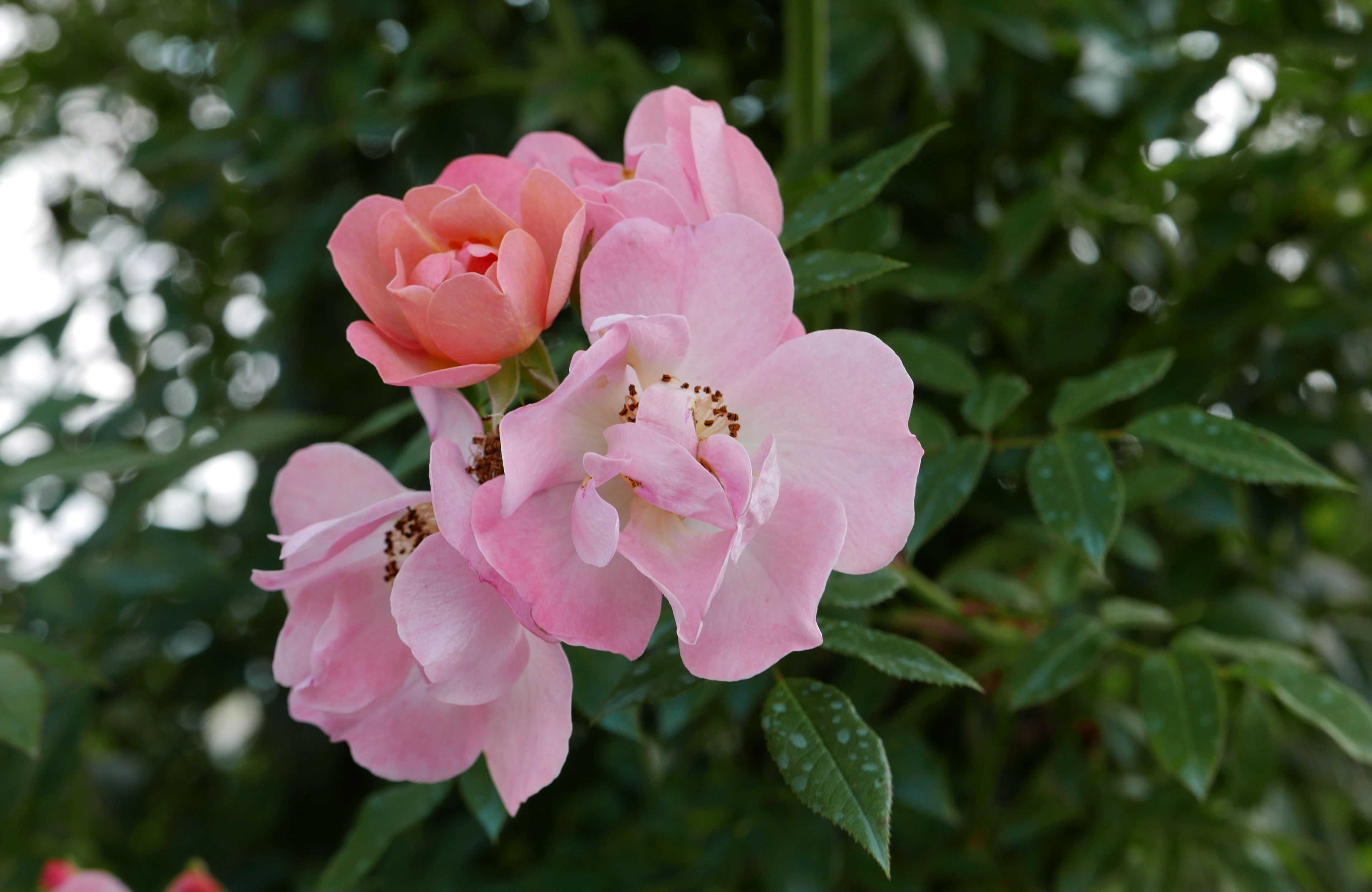
‘Open Arms’, Warner, 1991
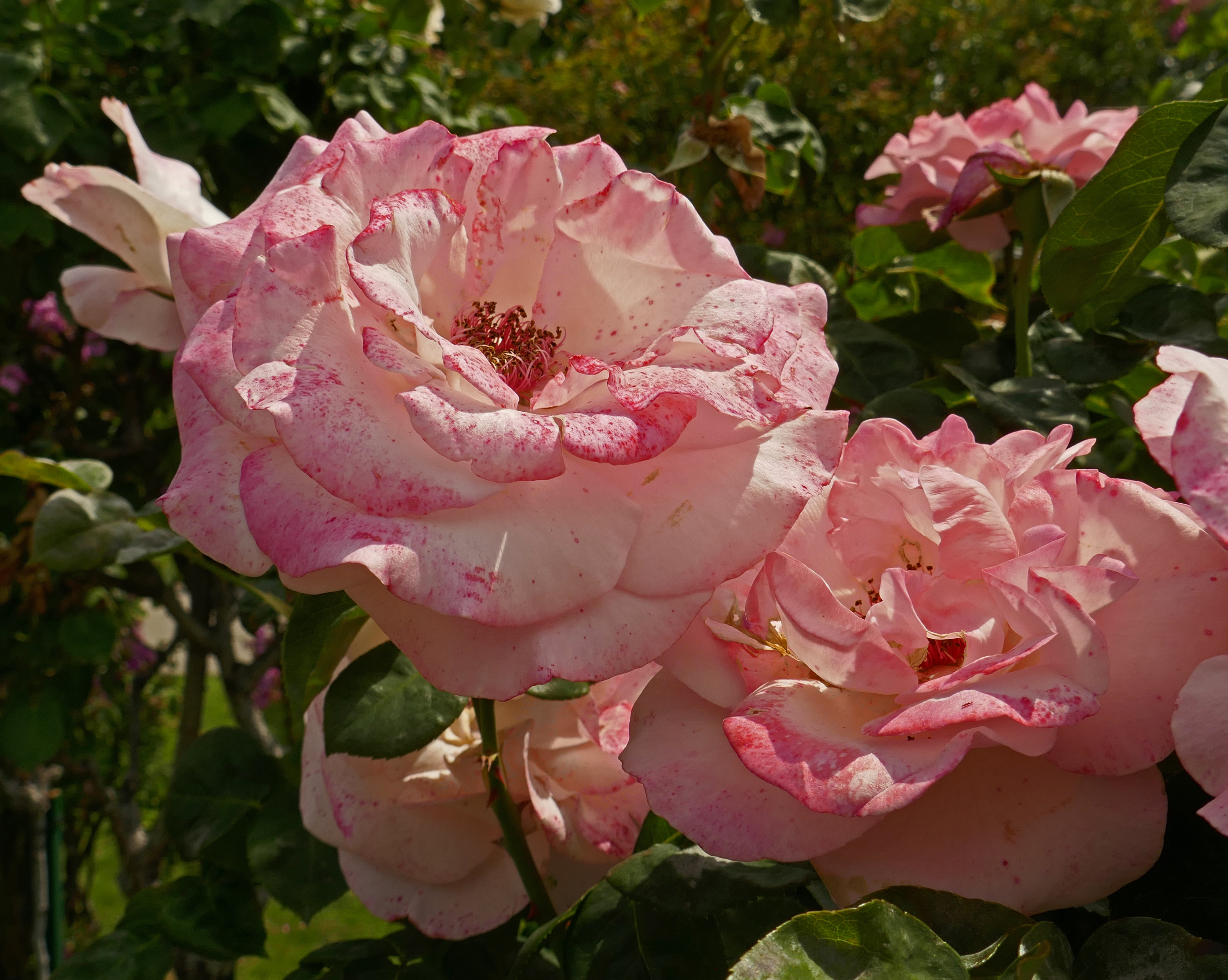
‘Operettenrose’, Delbard-Chabert, 1967
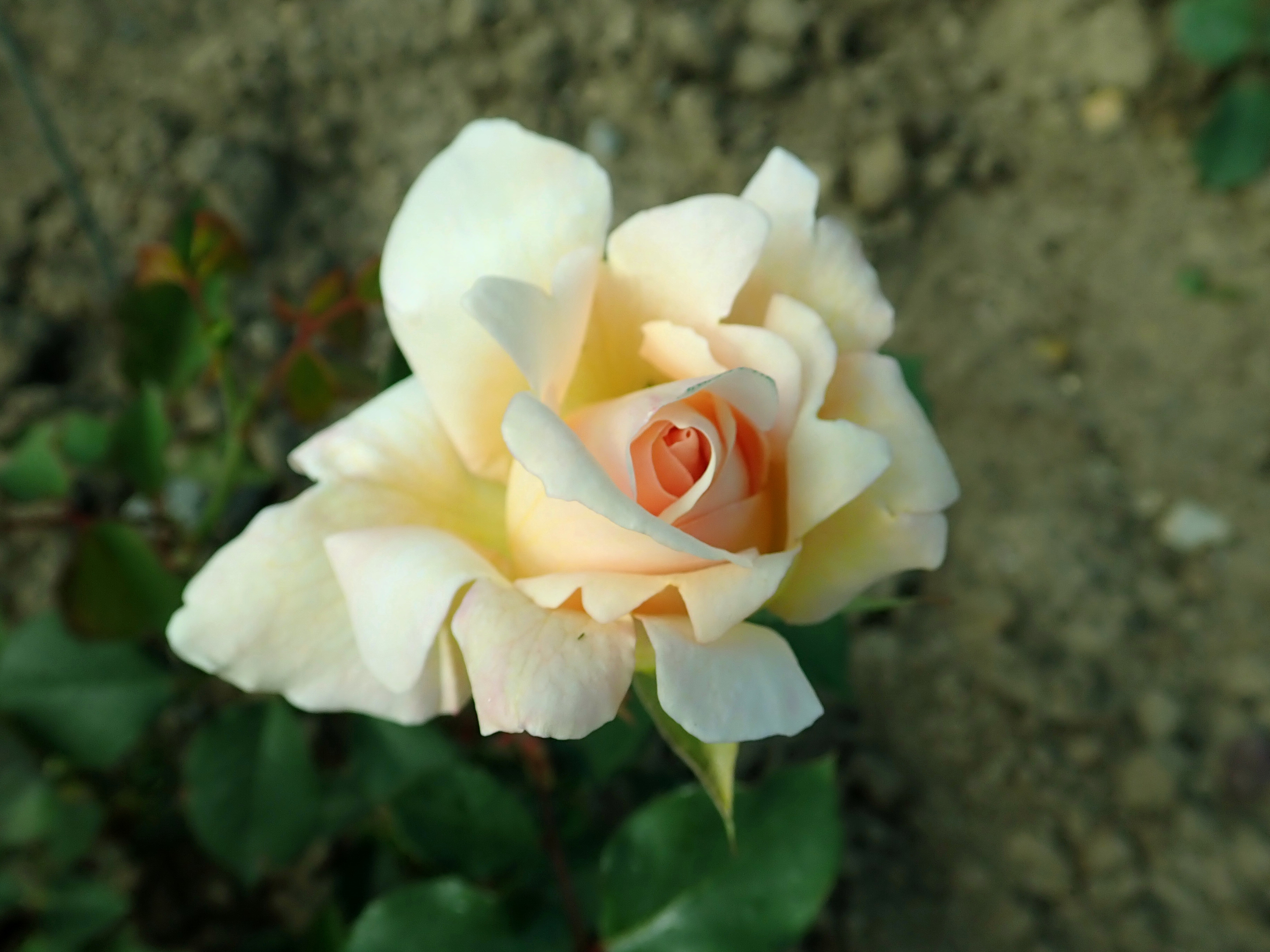
‘Ophelia’, Paul, 1912
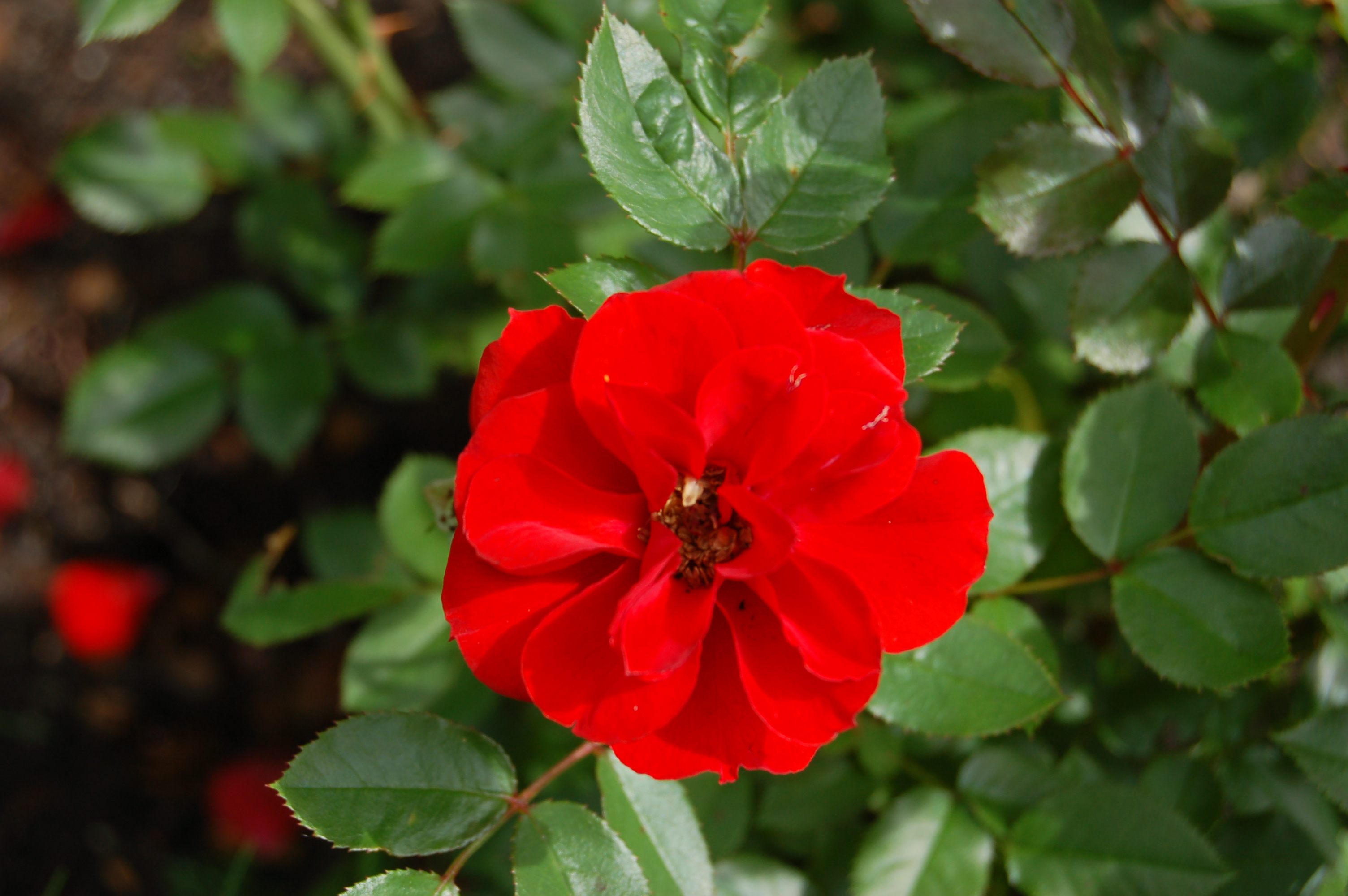
‘Orange Babyflor’, Tantau, 1994
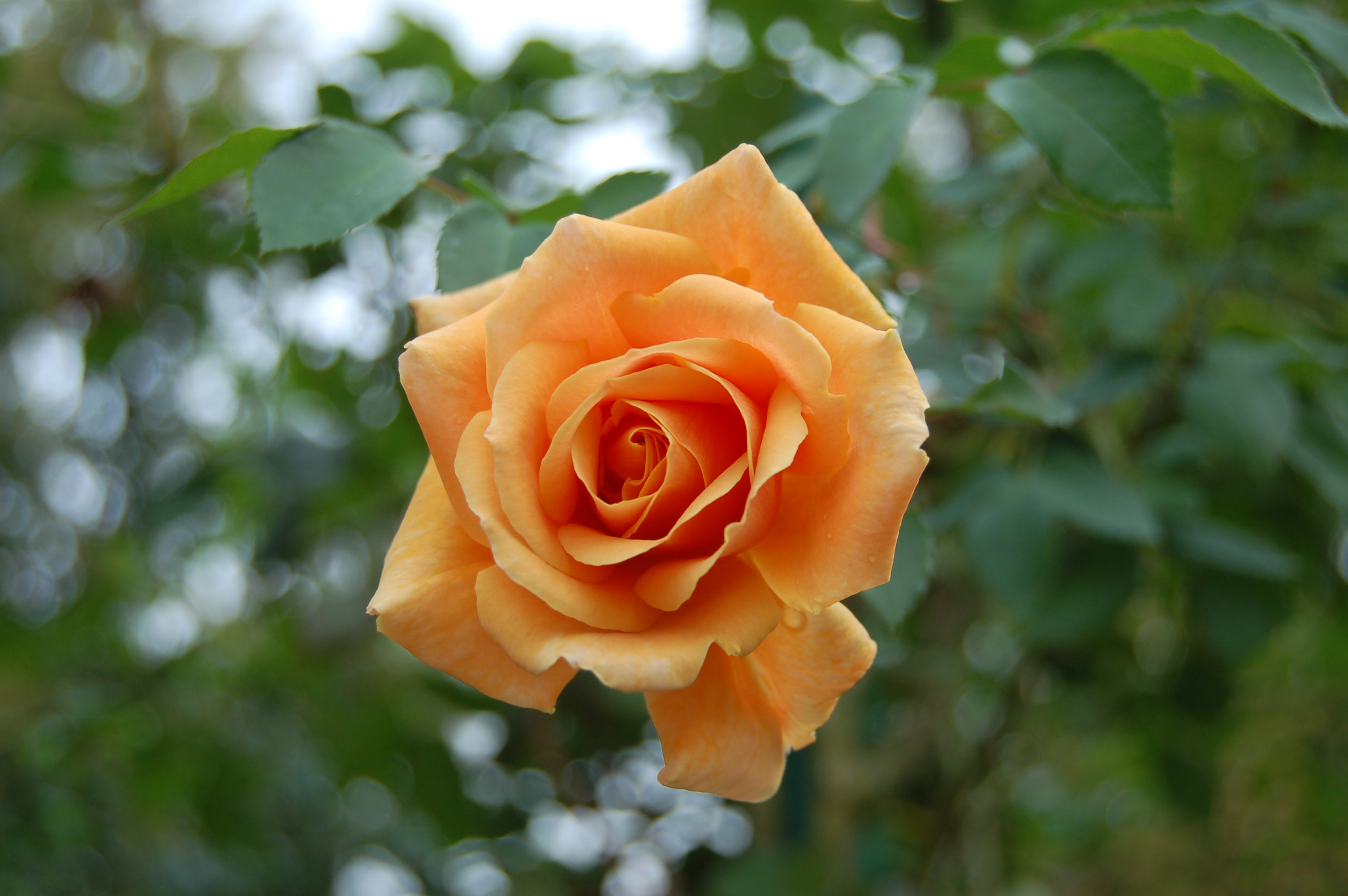
‘Orange Everglow’, Brownell, 1942
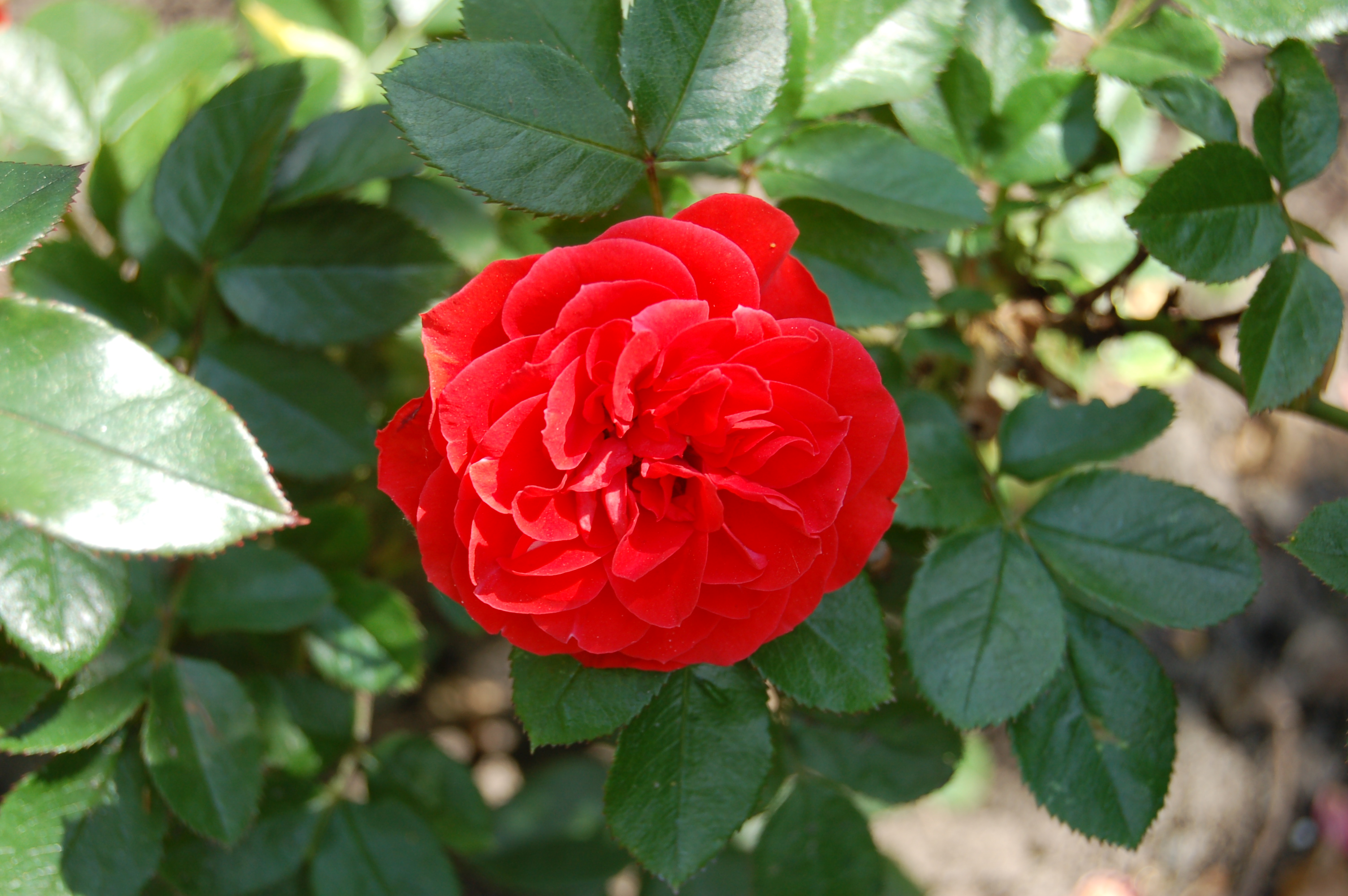
‘Orange Meillandina’, Meilland, 1980
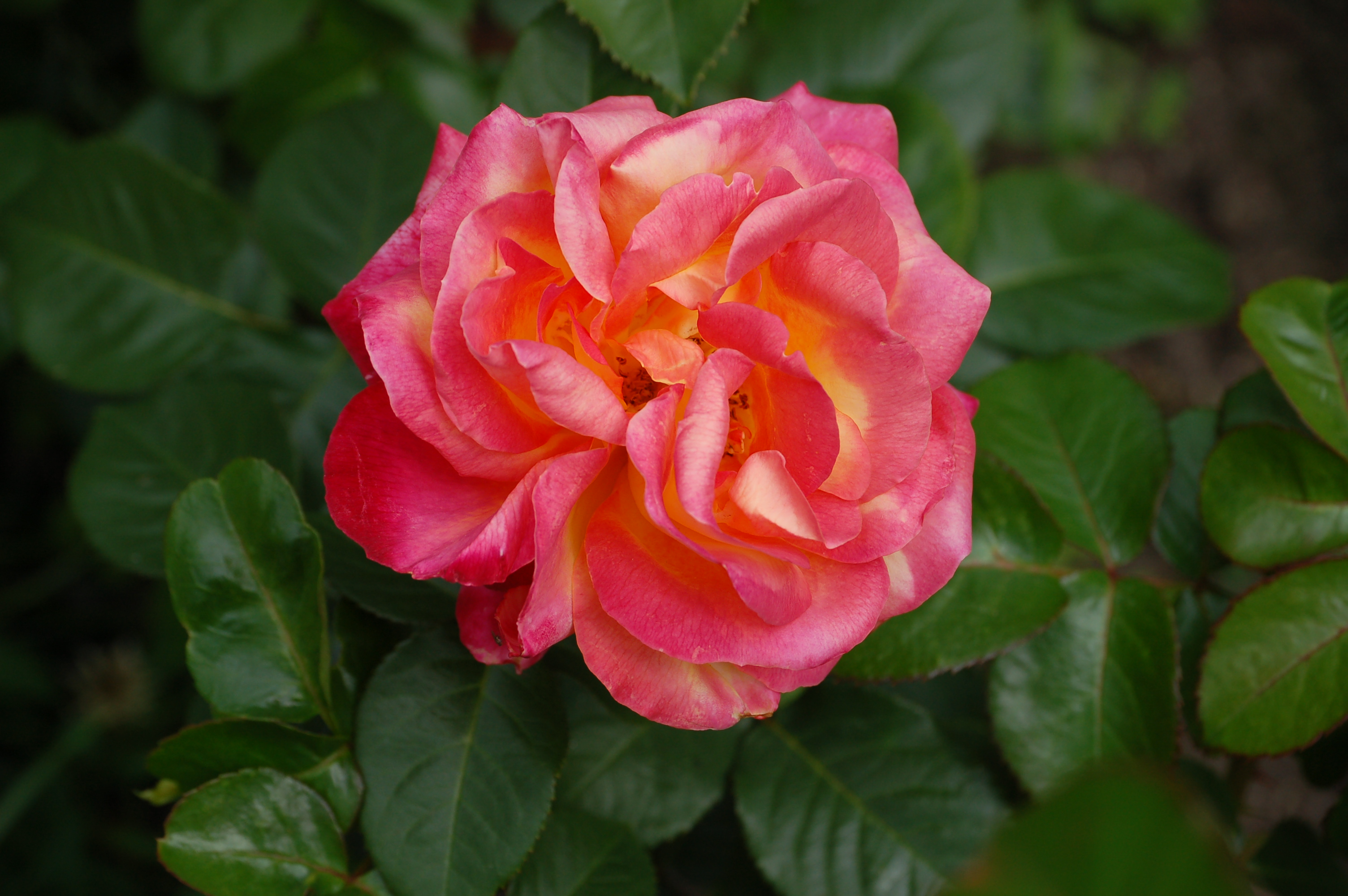
‘Orient Express’, Meilland, 2002
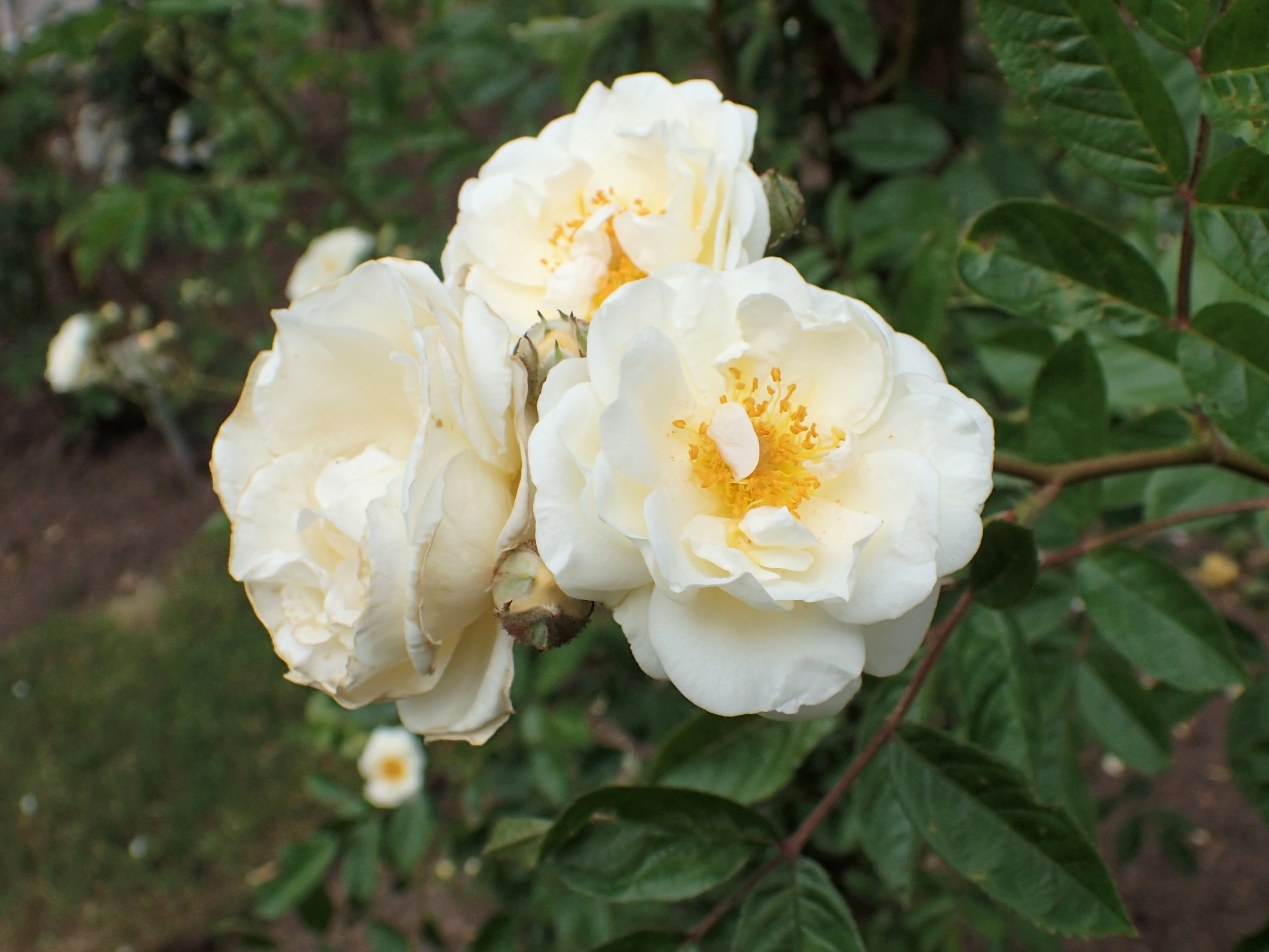
‘Oriole’, Peter Lambert, 1912
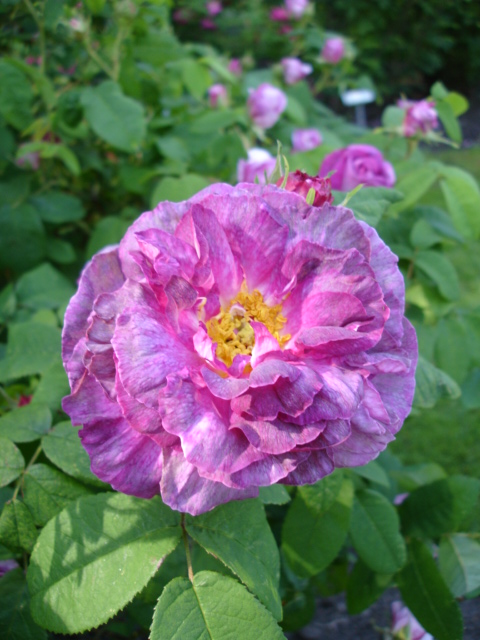
‘Ornement de la Nature’, Rosa gallica, vor 1813
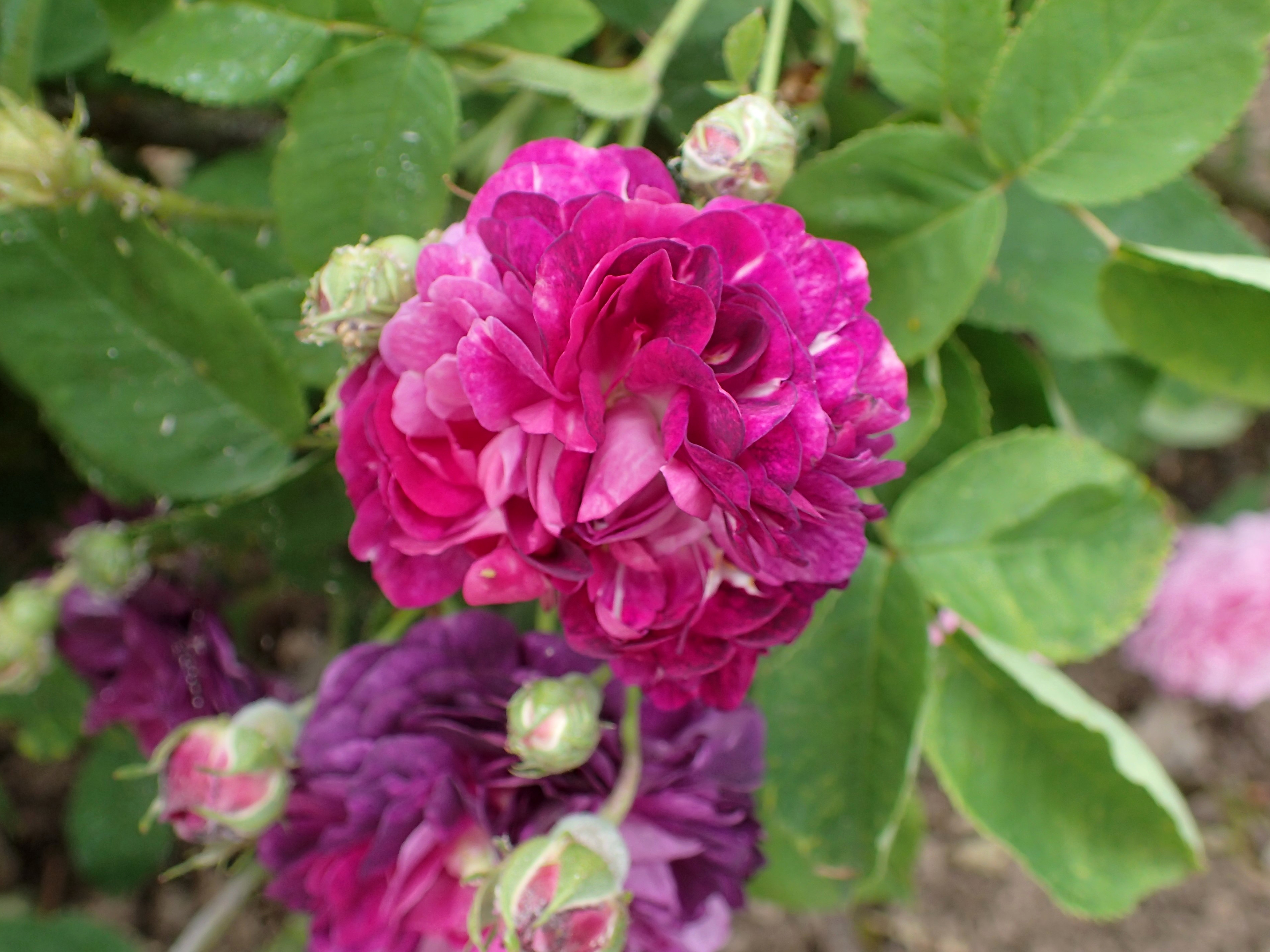
‘Orpheline de Julliet’, vor 1836
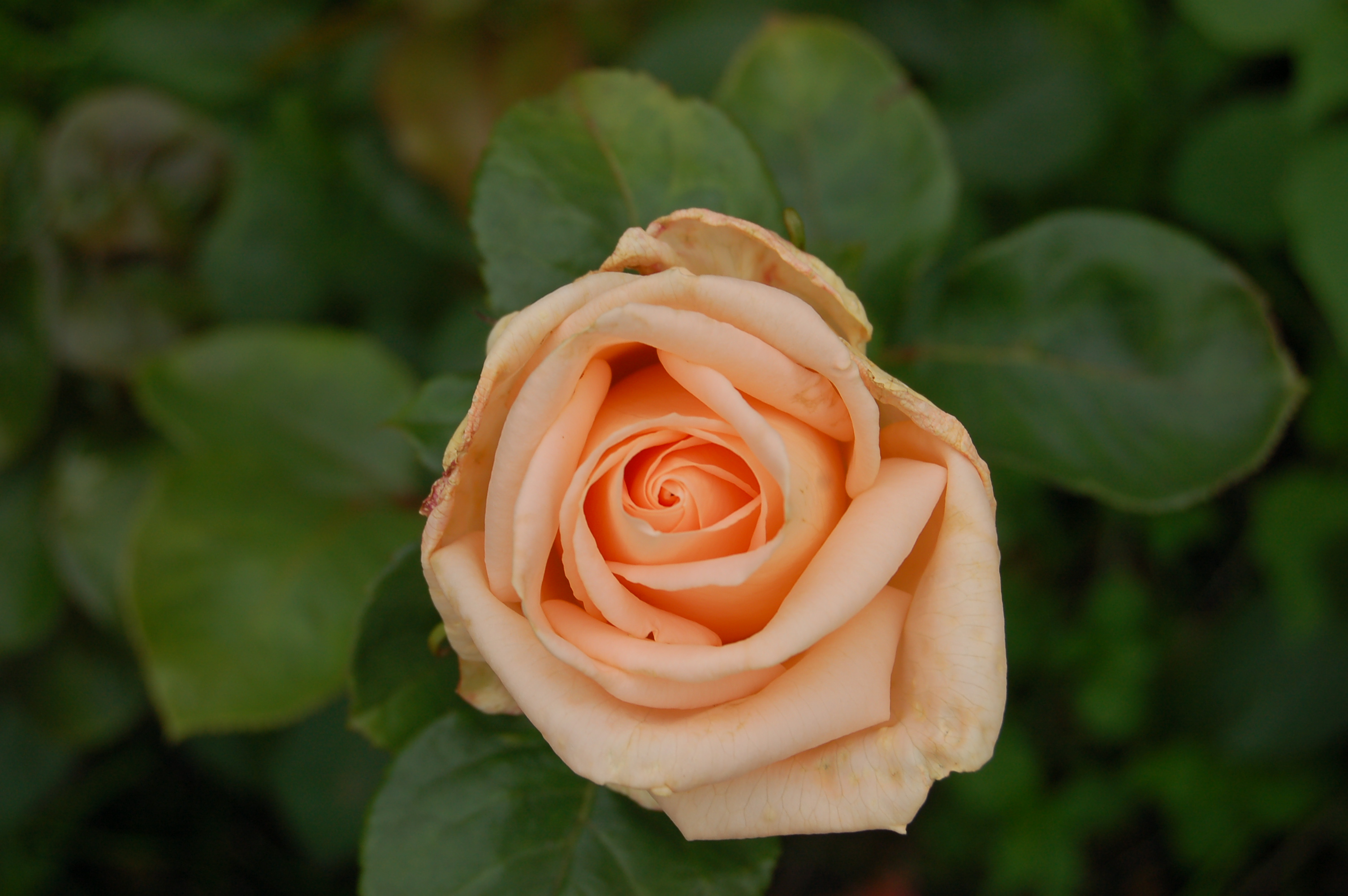
‘Osiana’, Tantau, 1988
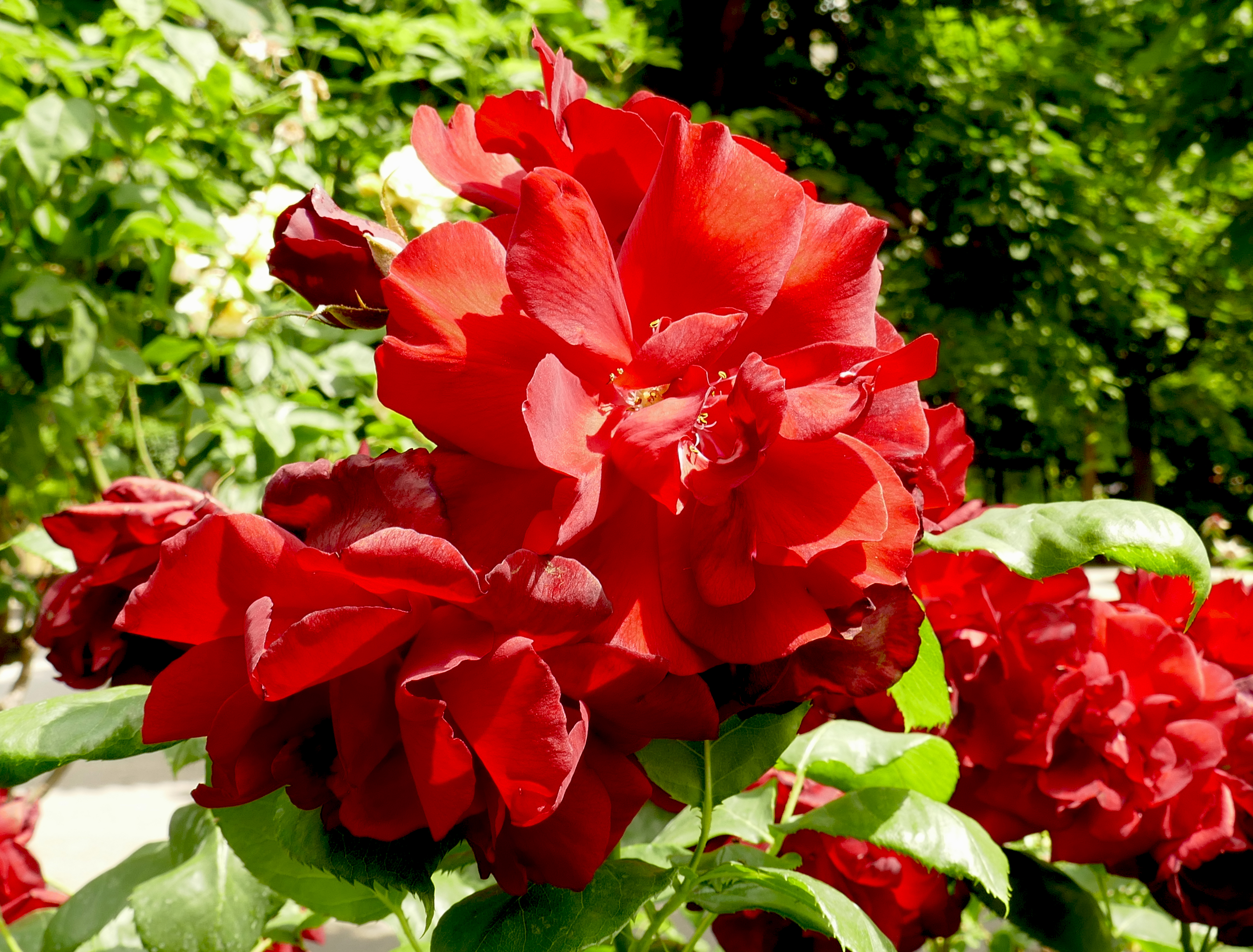
‘Oskar Scheerer’, Kordes, 1961
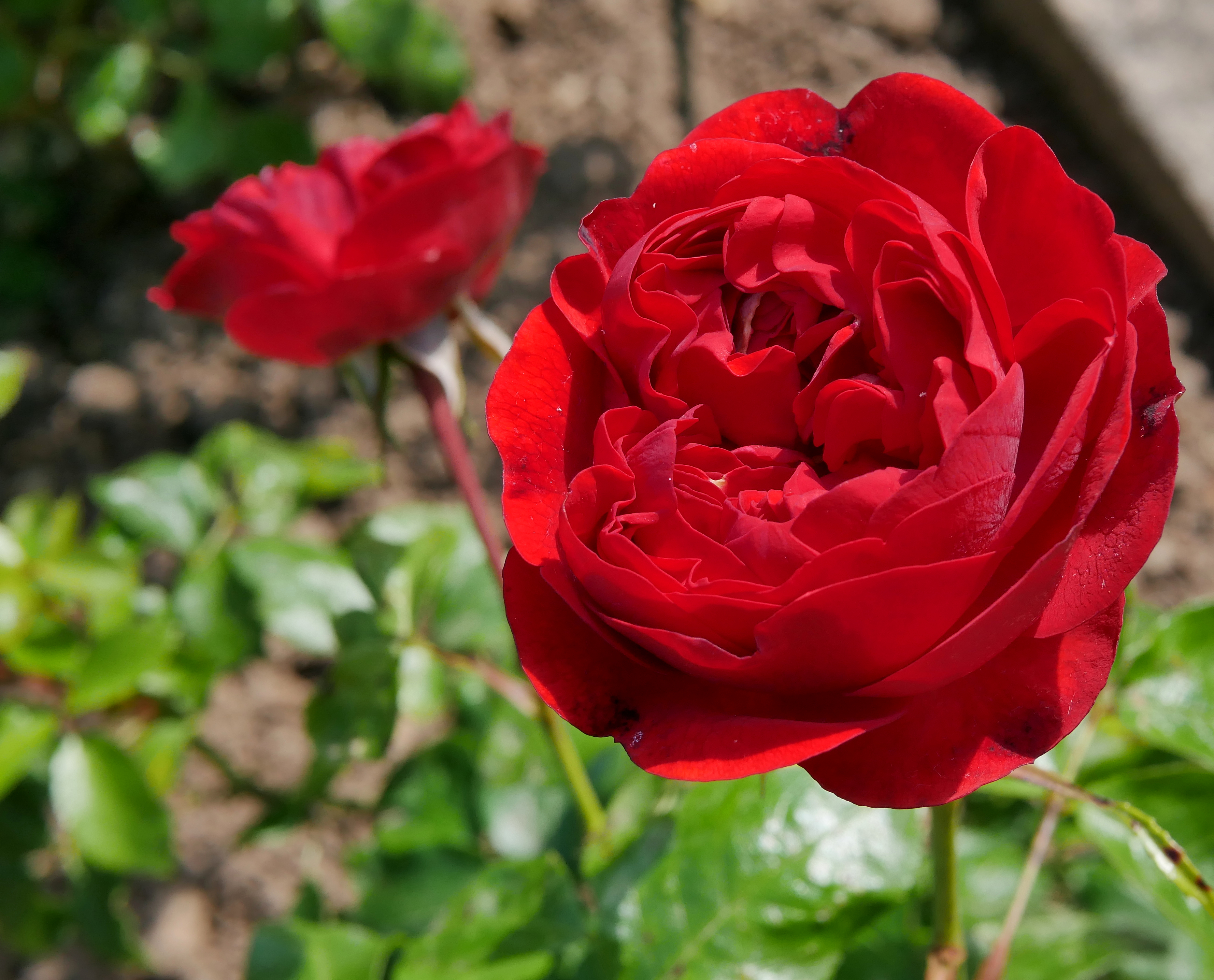
Out of Rosenheim (Rose), Kordes
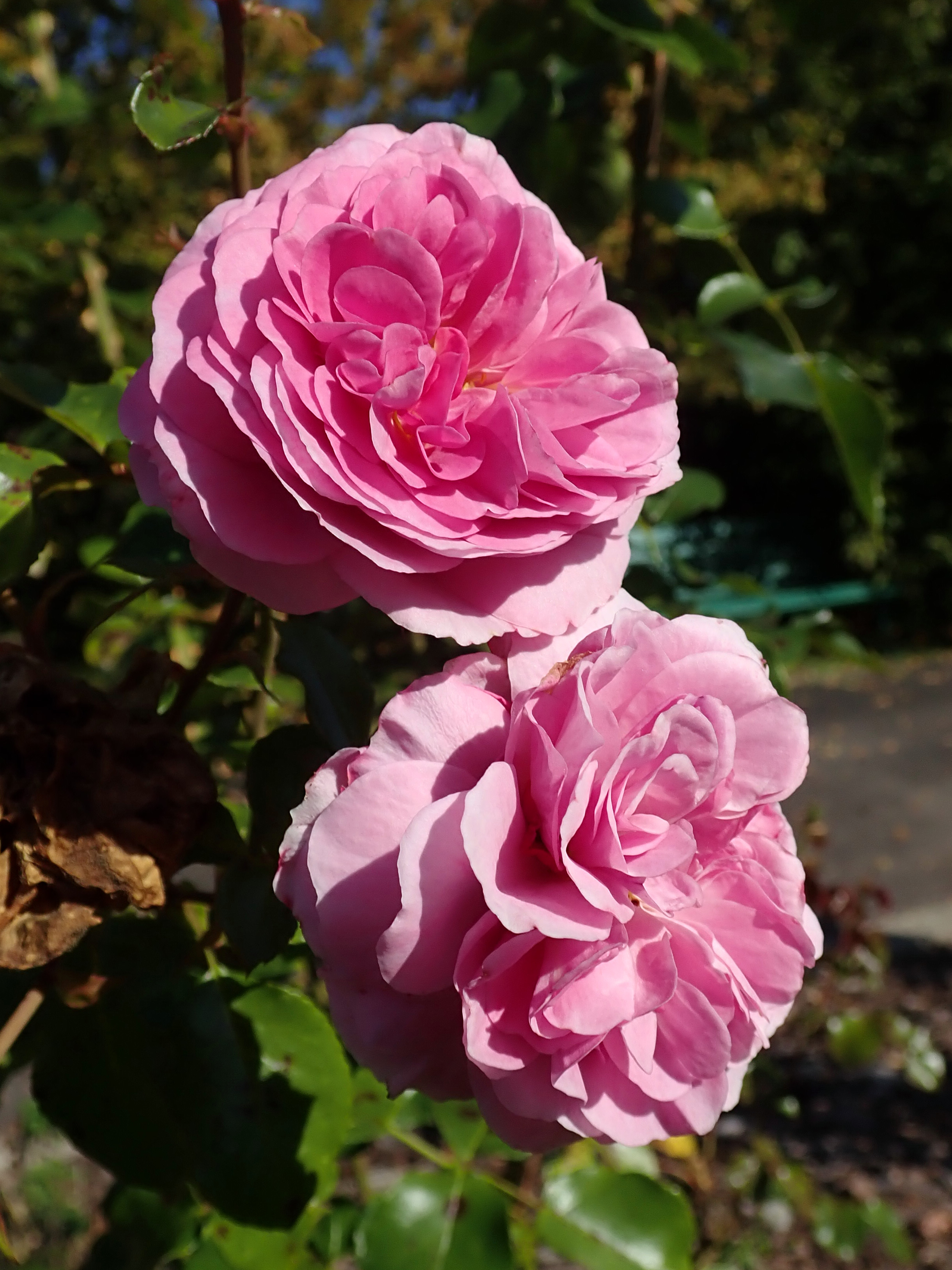
‘Ozeana’, Evers, 2011

## P

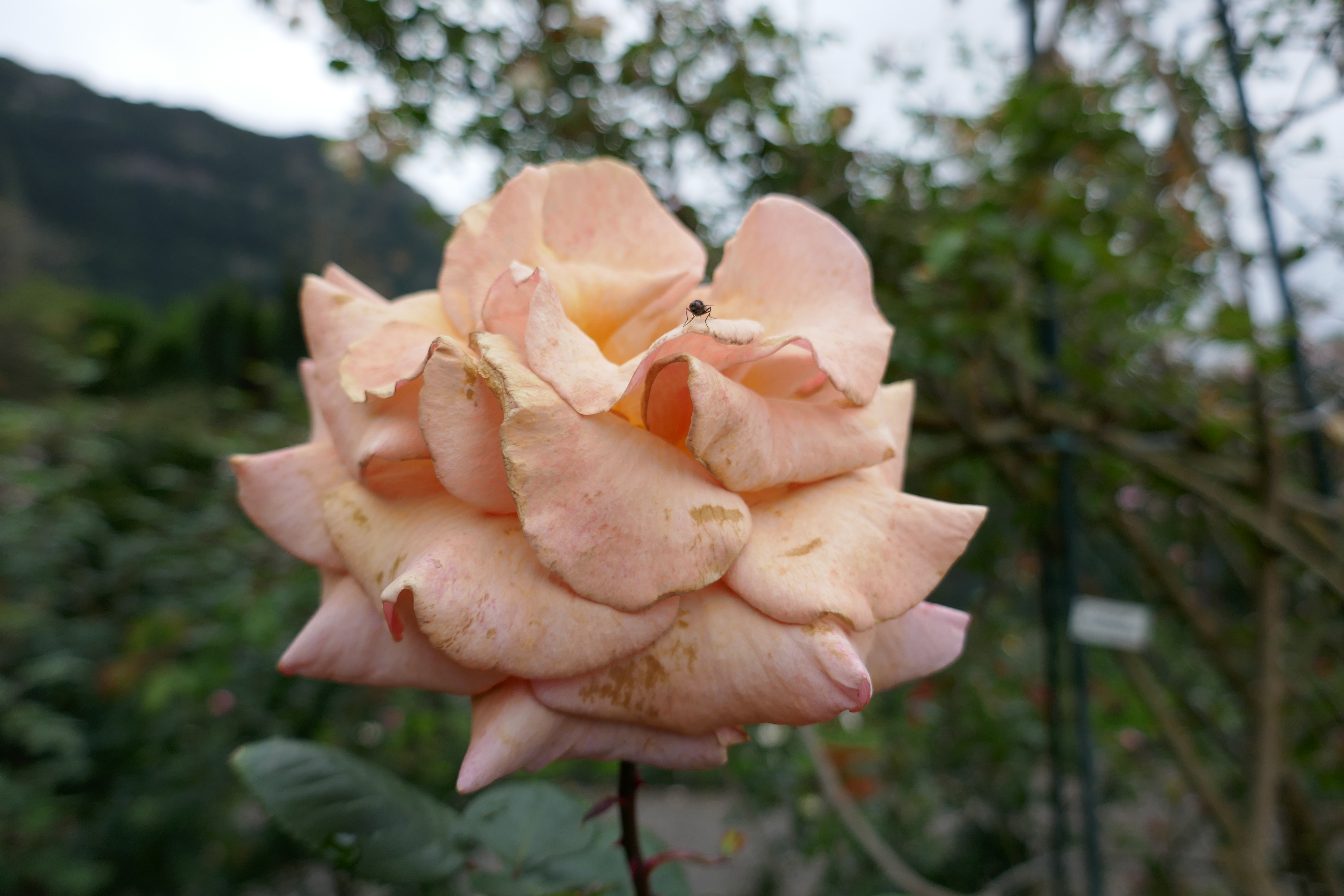
‘Paco Rabanne’, Adam, 2004
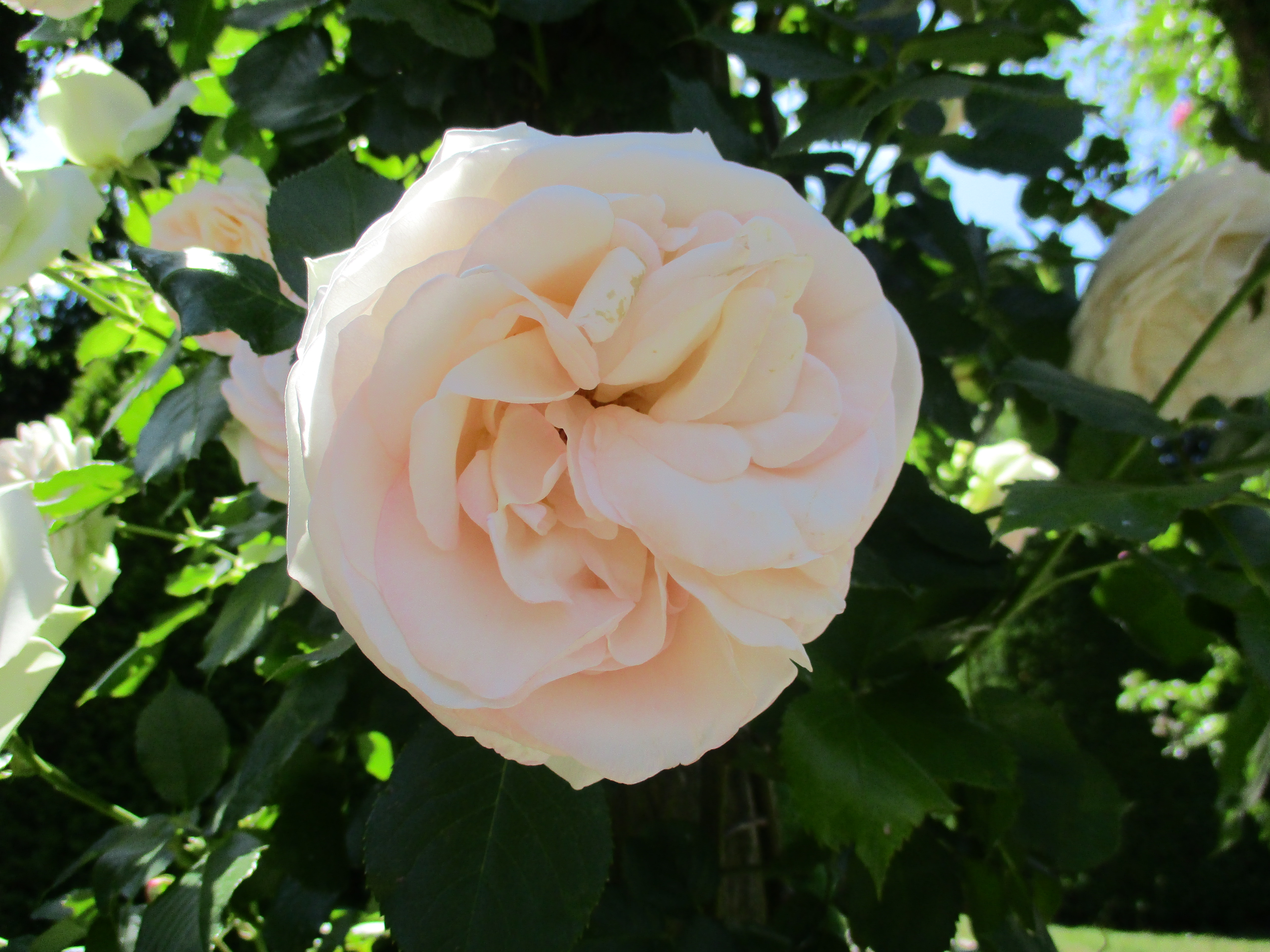
‘Palais Royal’, Meilland, 1999
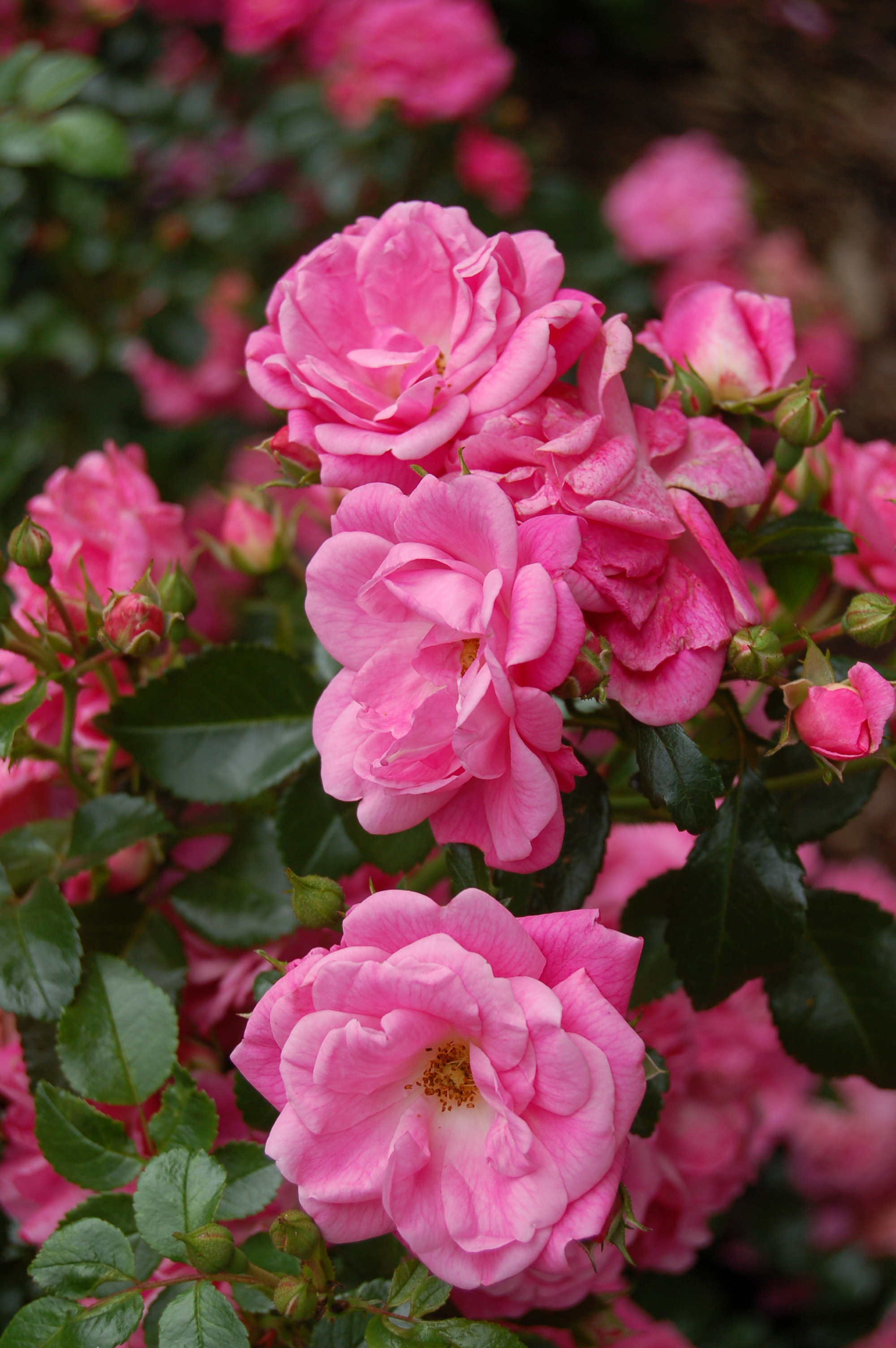
‘Palmengarten Frankfurt’, Kordes, 1988
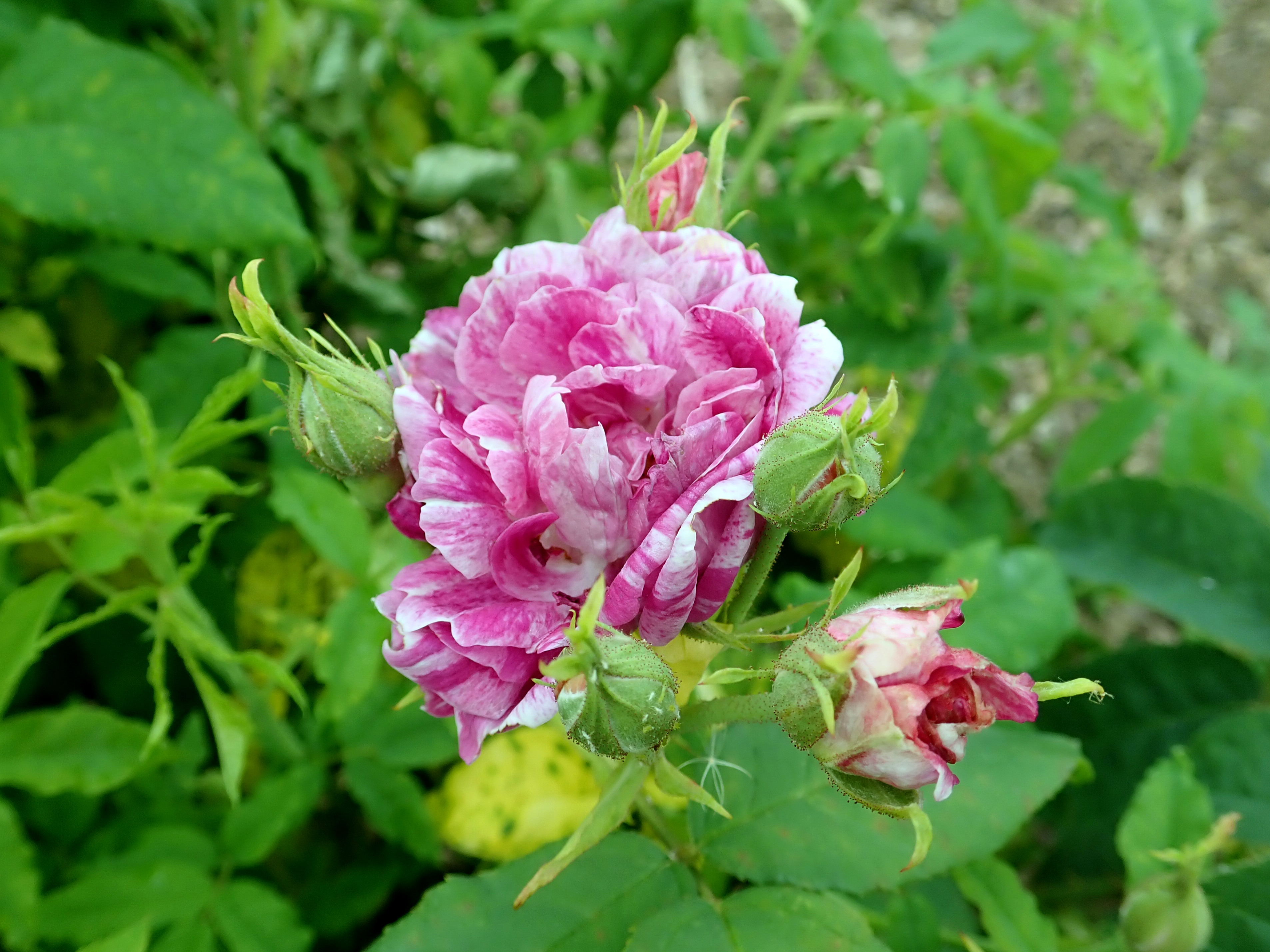
‘Panachée de Lyon’, Francis Dubreuil, 1895
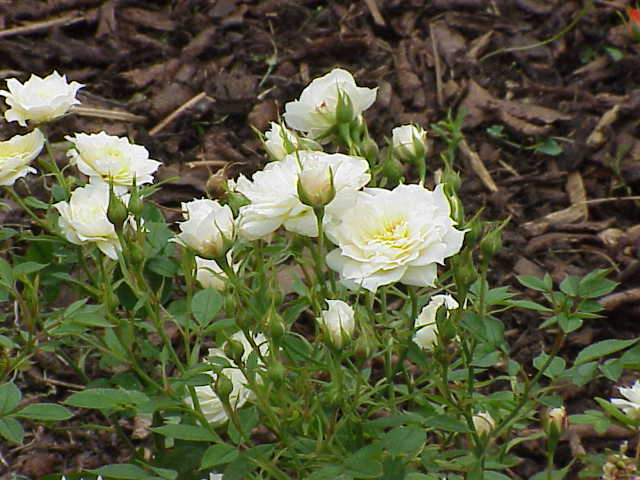
‘Pandora’, Harkness, 1991
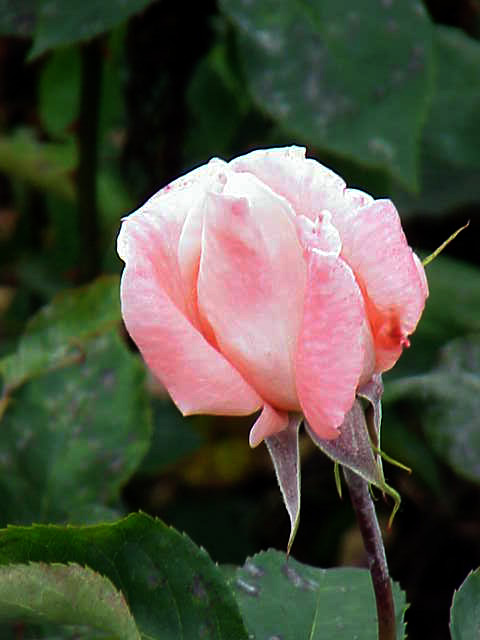
‘Panorama’, Gregory, 1973
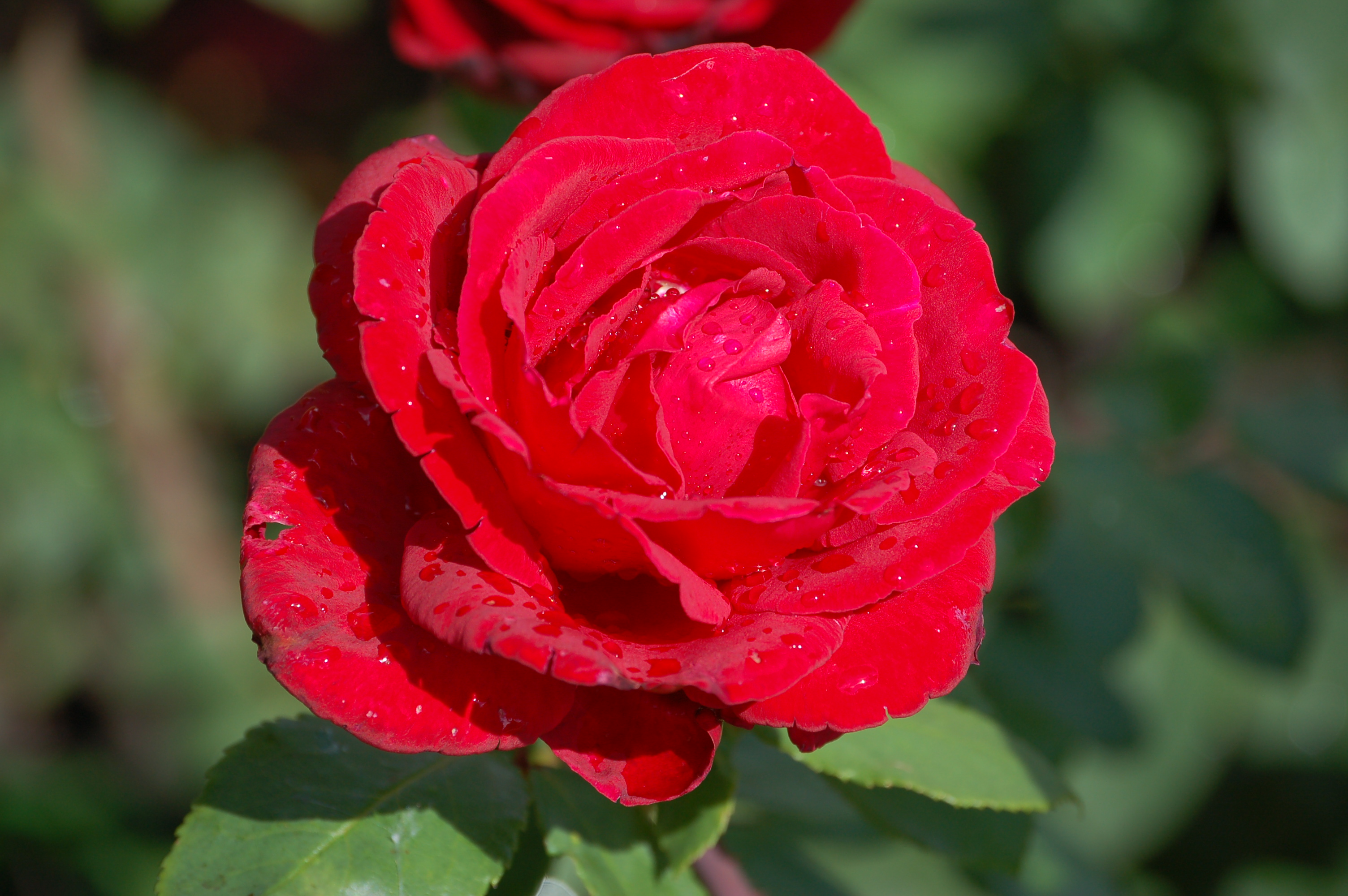
‘Paola’, M. Tantau jun., 1981
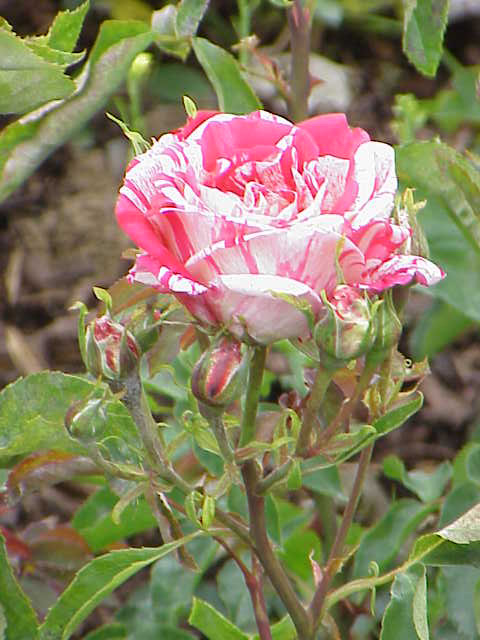
‘Papageno’, McGredy, 1989
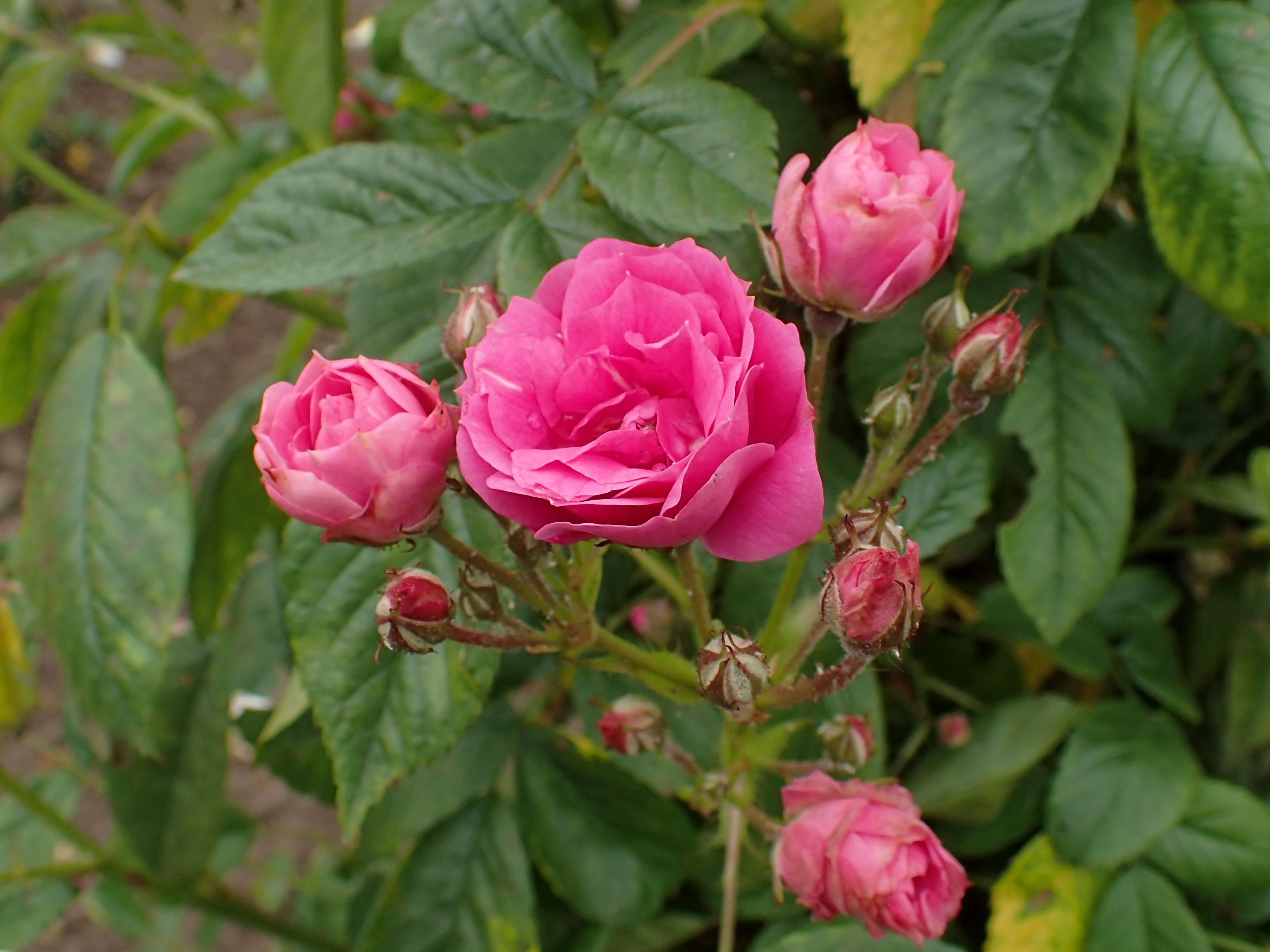
‘Papa Gouchault’, Turbat, 1922
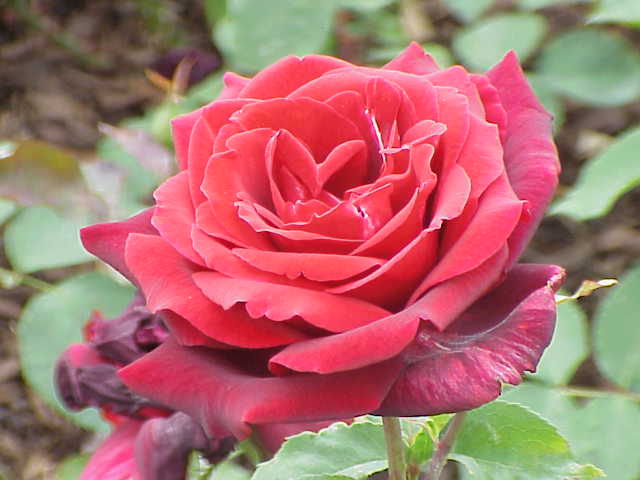
‘Papa Meilland’, Meilland, 1963
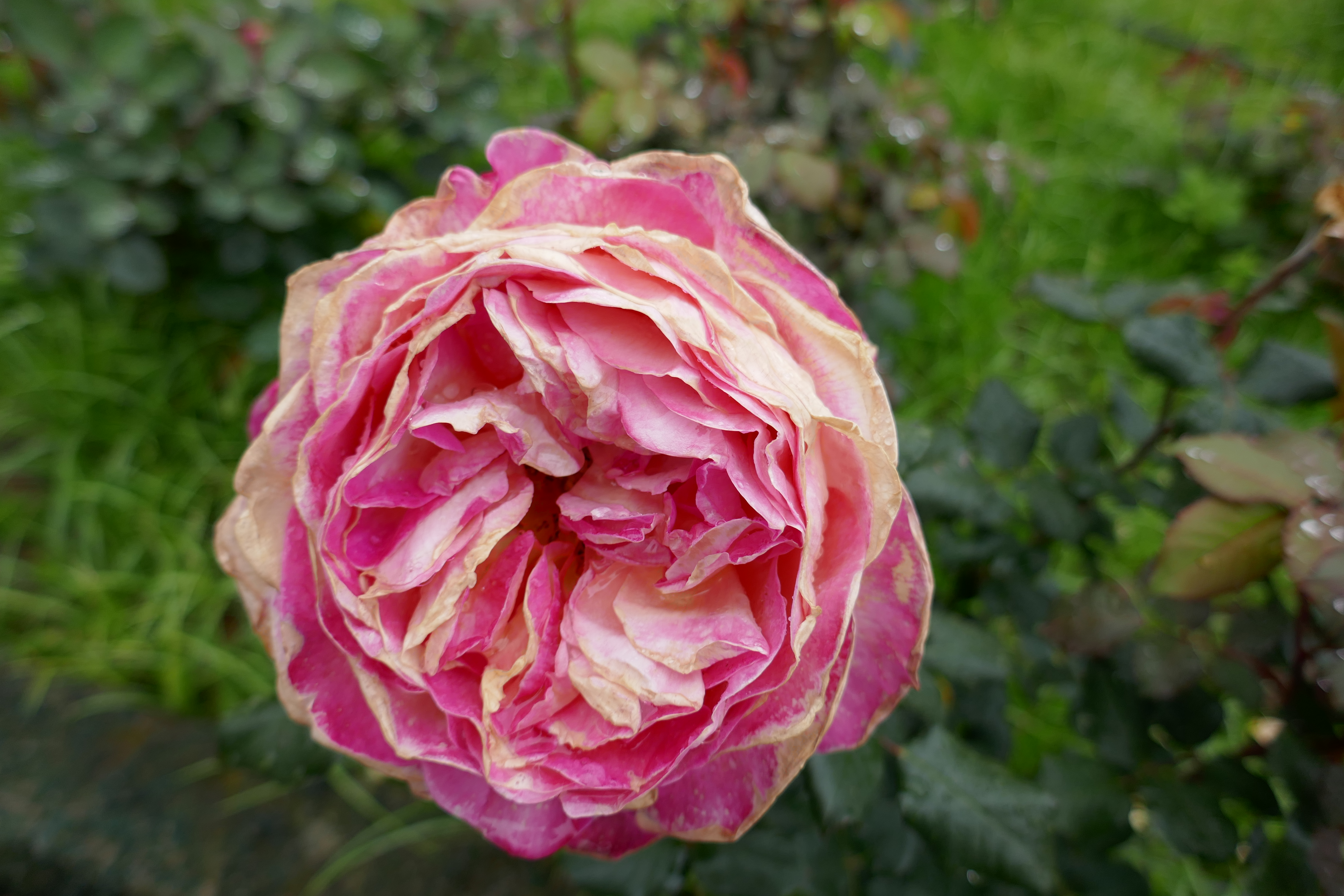
‘Paparoa’, Poulsen, 2010
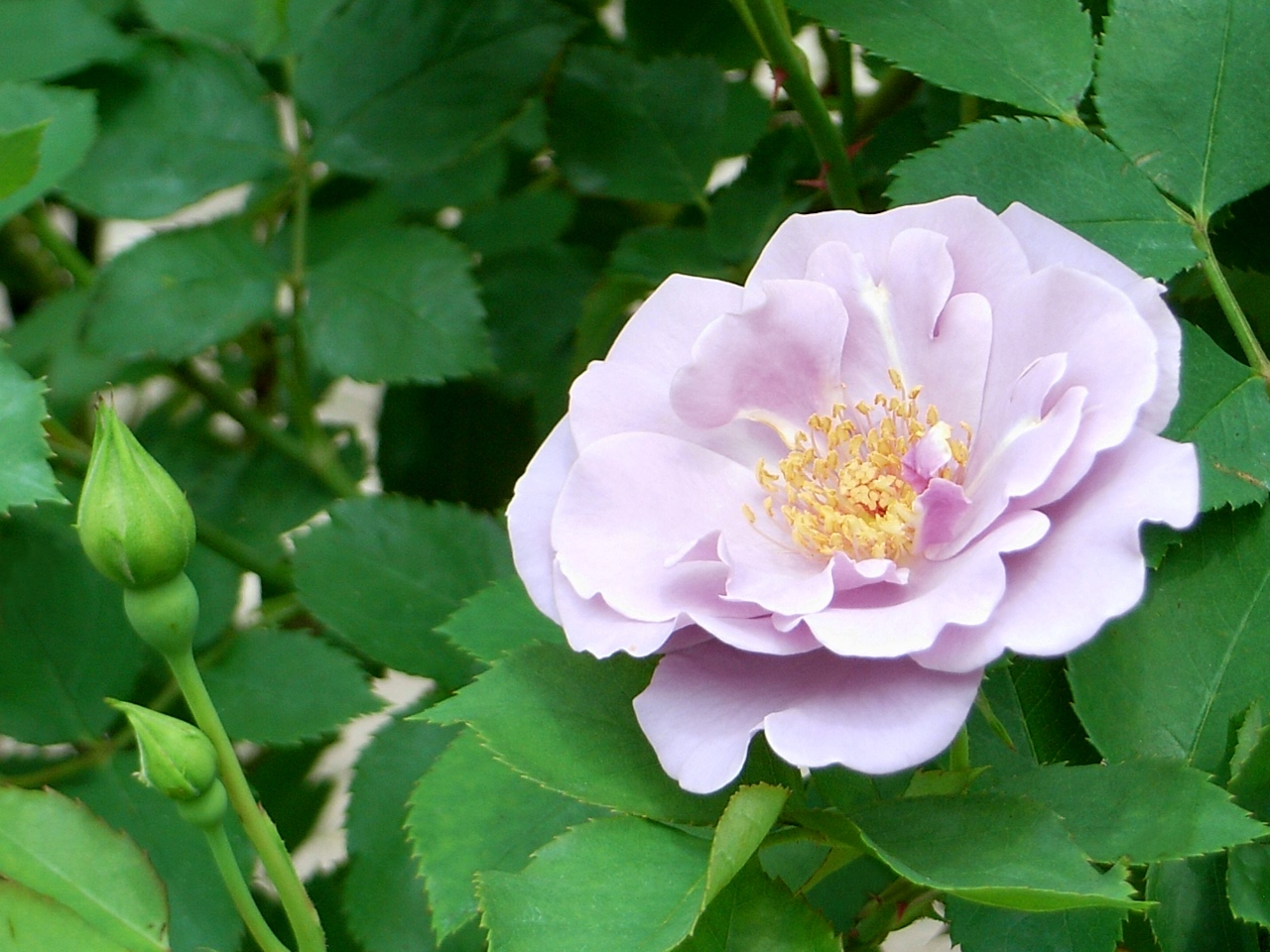
‘Paper Moon’, Kikuo Teranishi, vor 2000
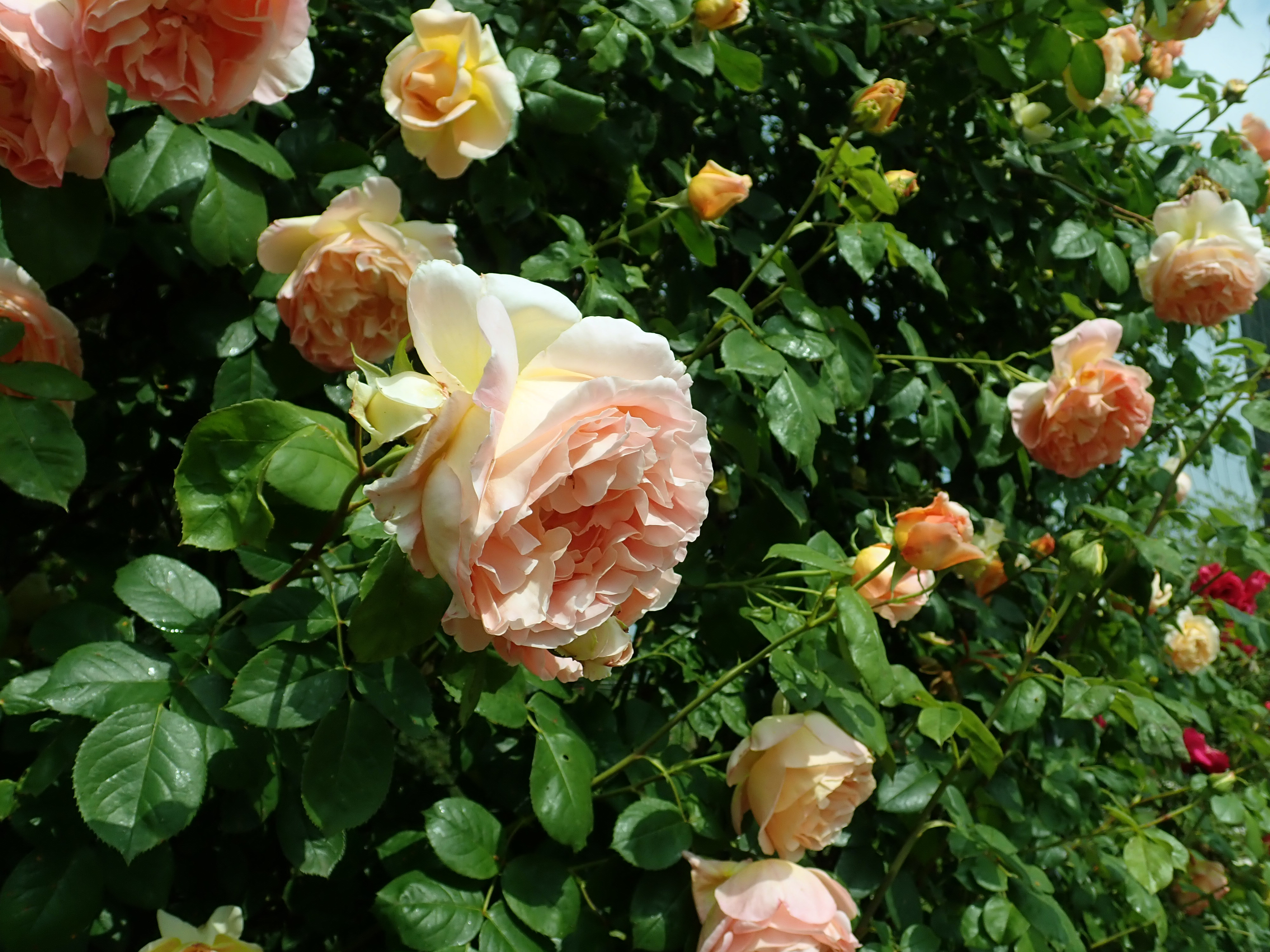
‘Papi Delbard’, Delbard, vor 1992
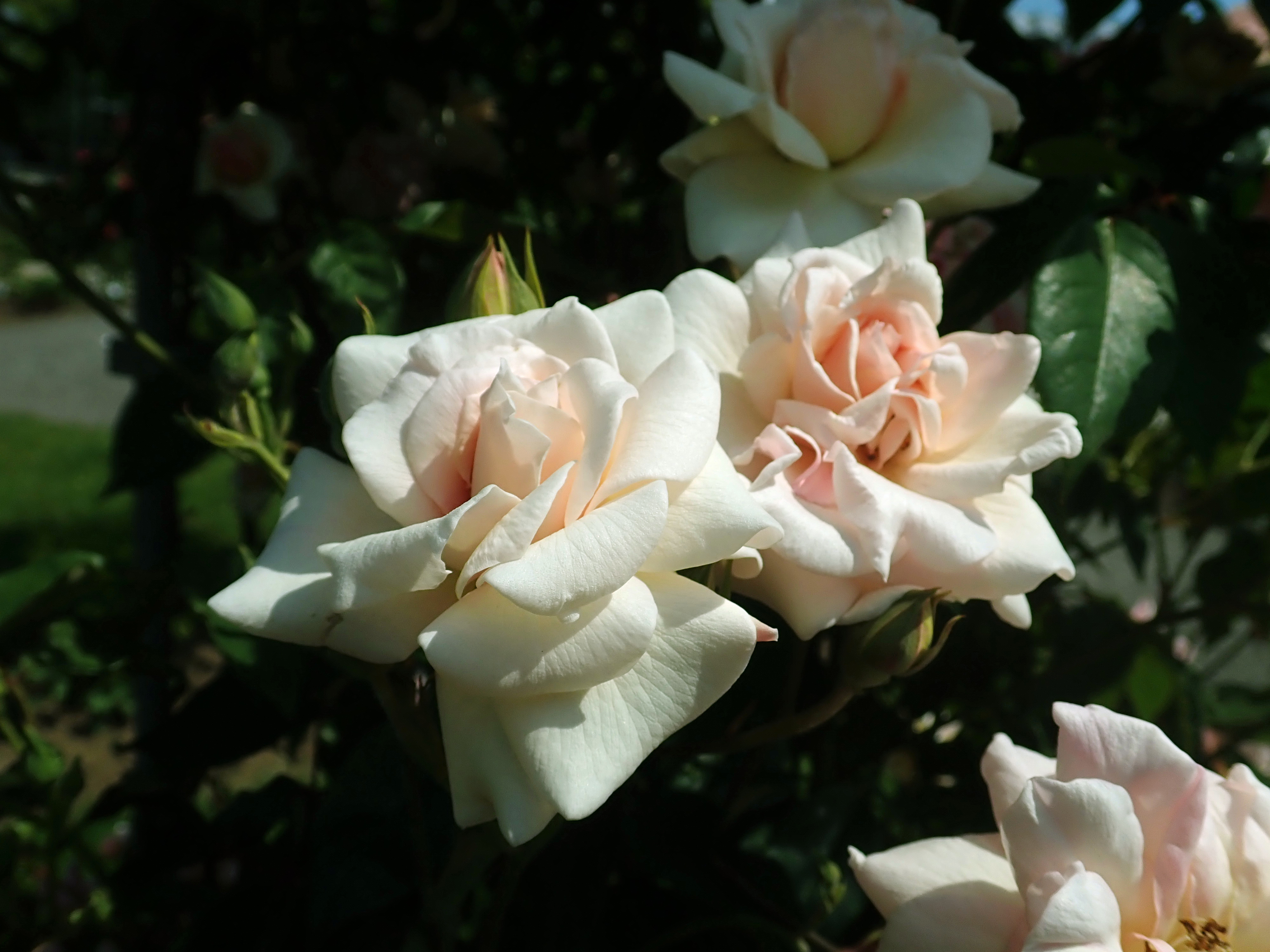
‘Papillon’, Nabonnand, 1878
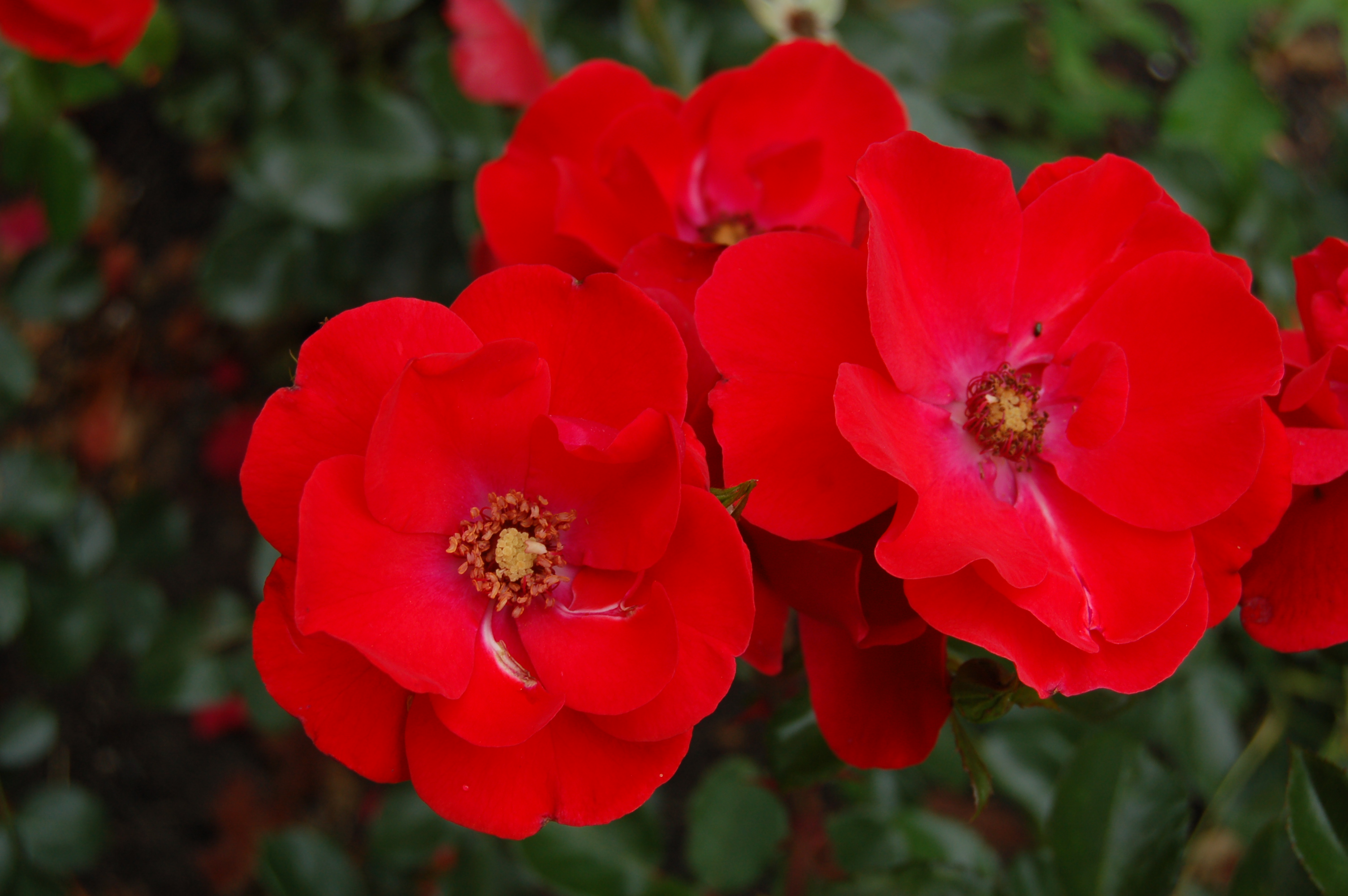
‘Paprika’, M. Tantau jun., 1958
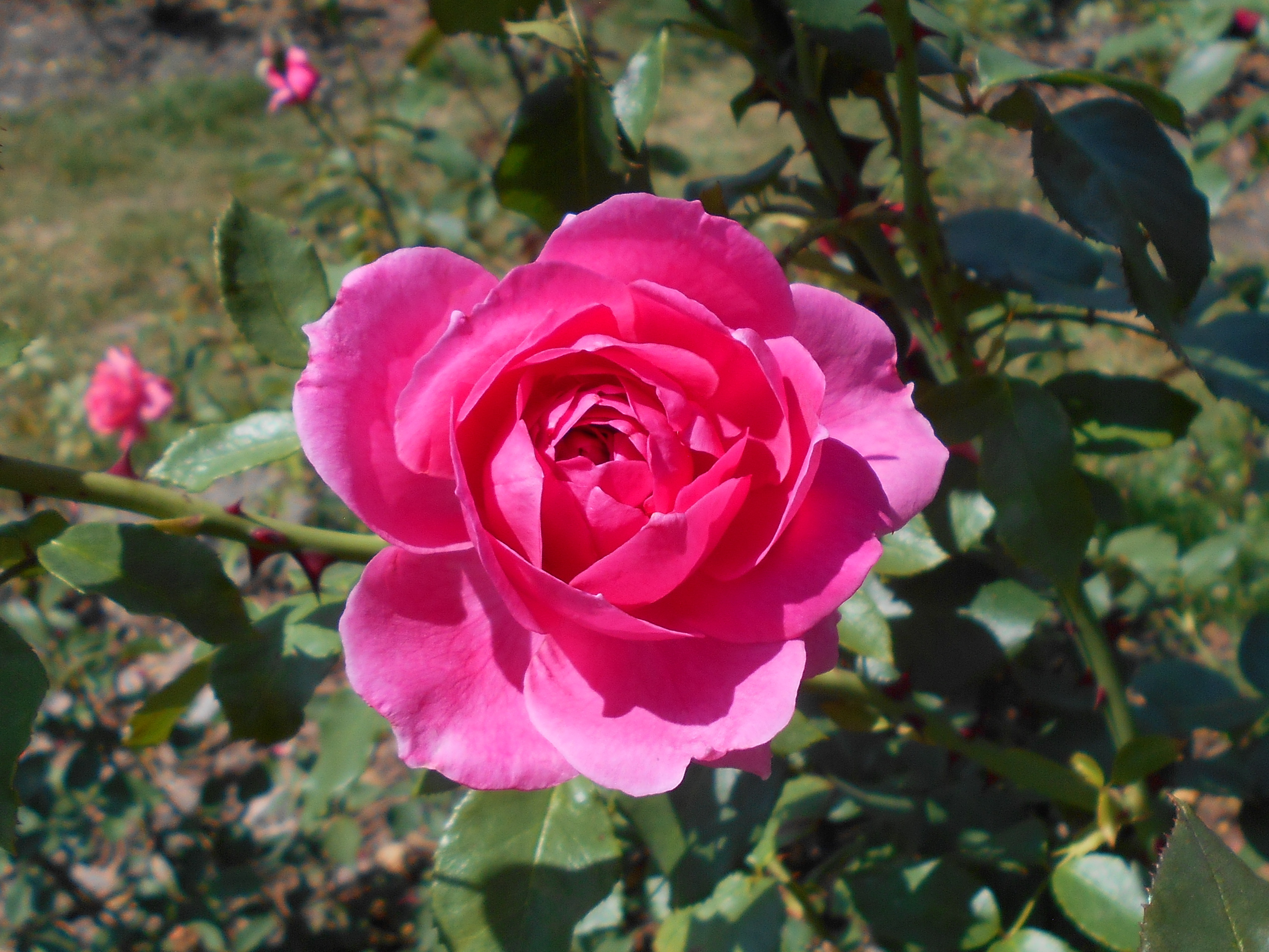
‘Parade’, Eugene S. Boerner, 1953
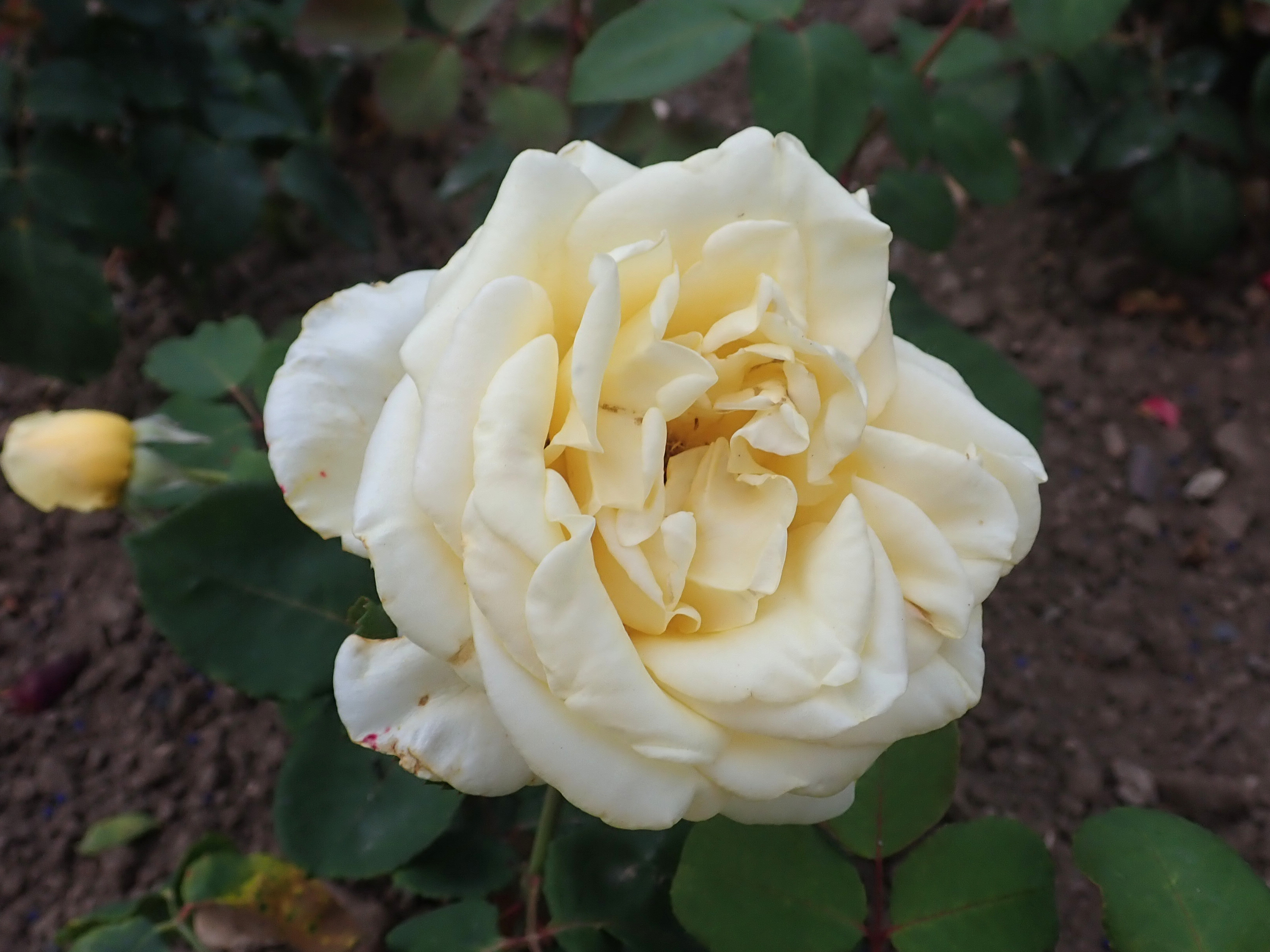
‘Parador’, Francesco Giacomo Paolino/Meilland, 1978
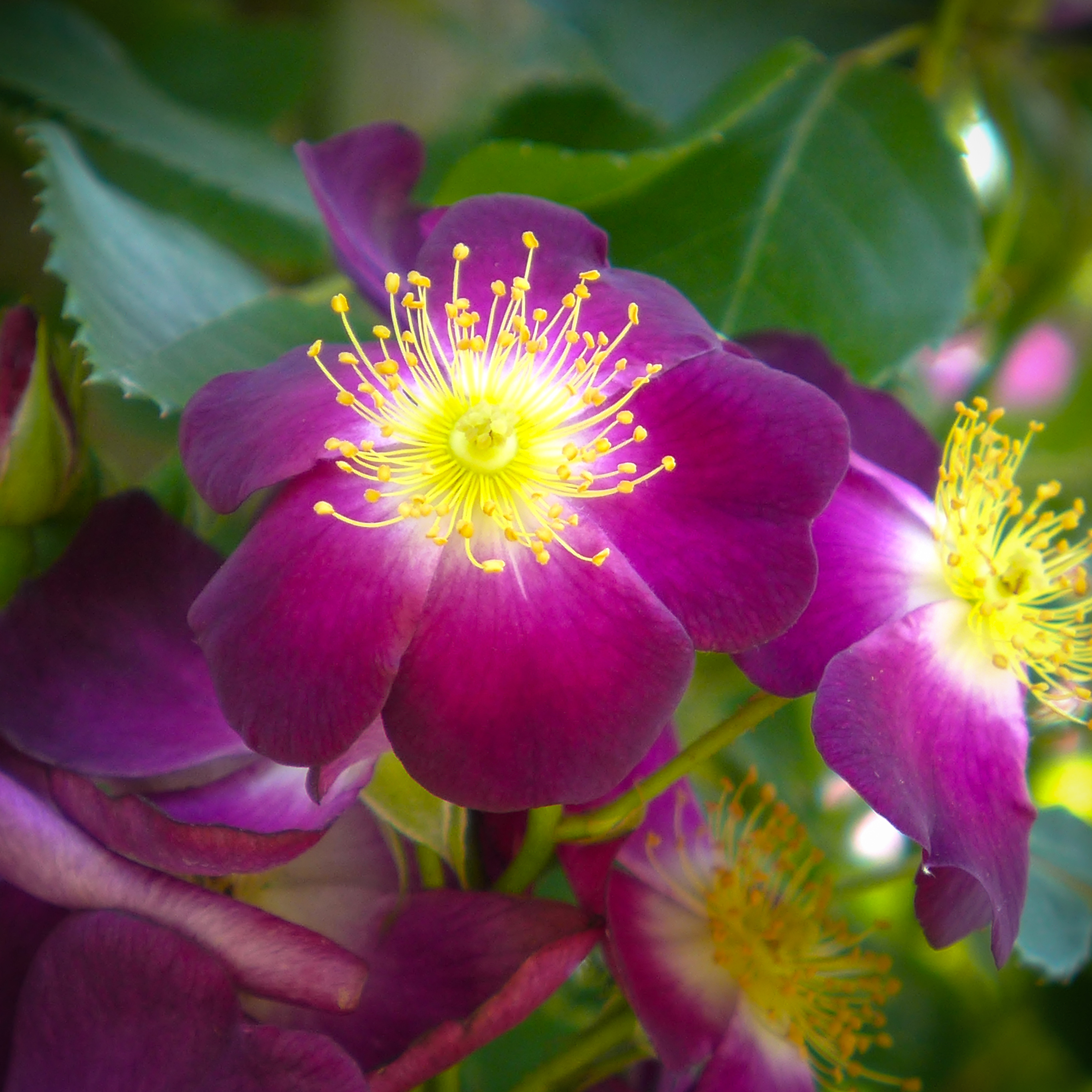
‘Parfait Amour’, Warner, vor 2009
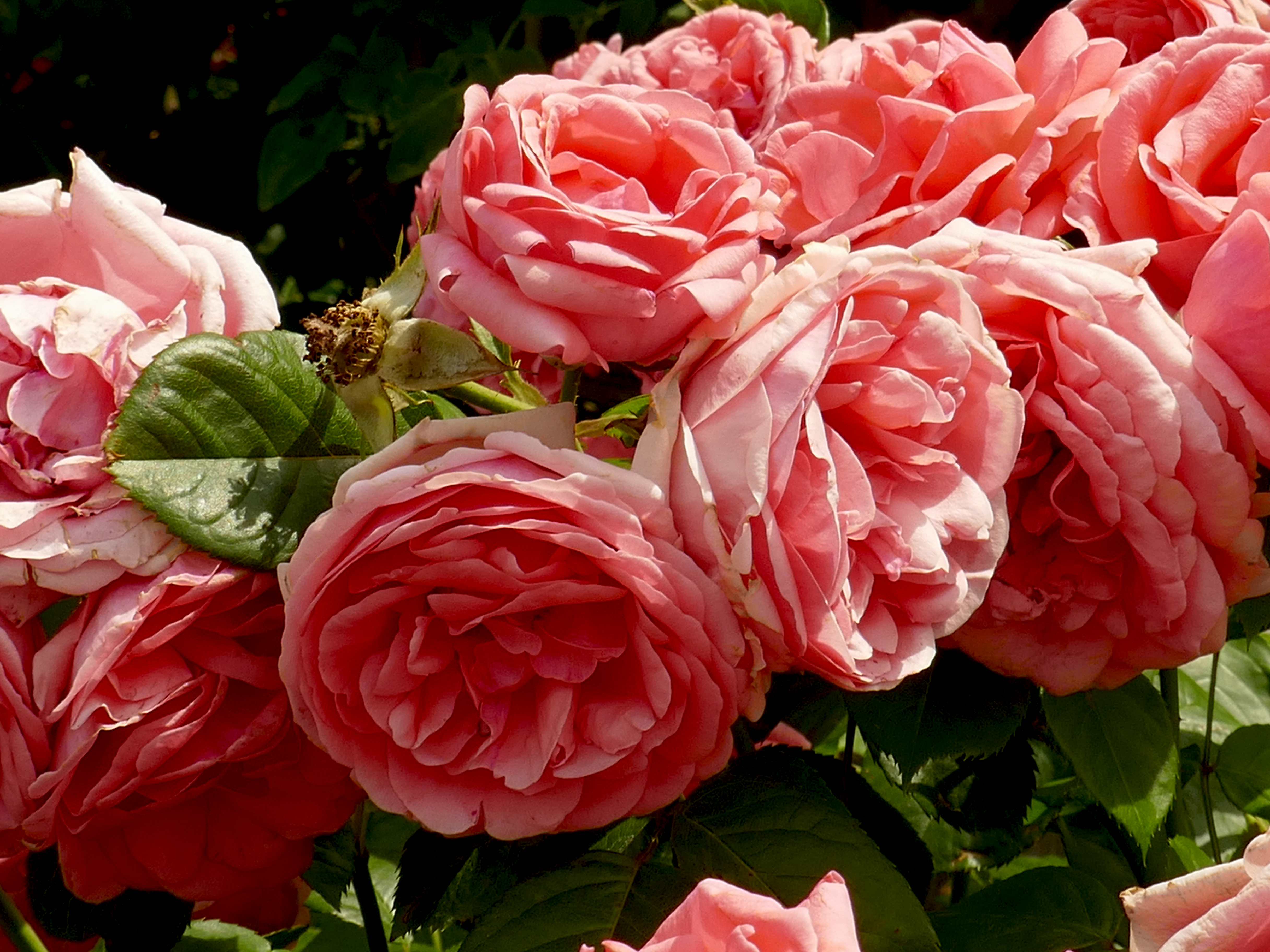
‘Pariser Charme’, Tantau, 1965
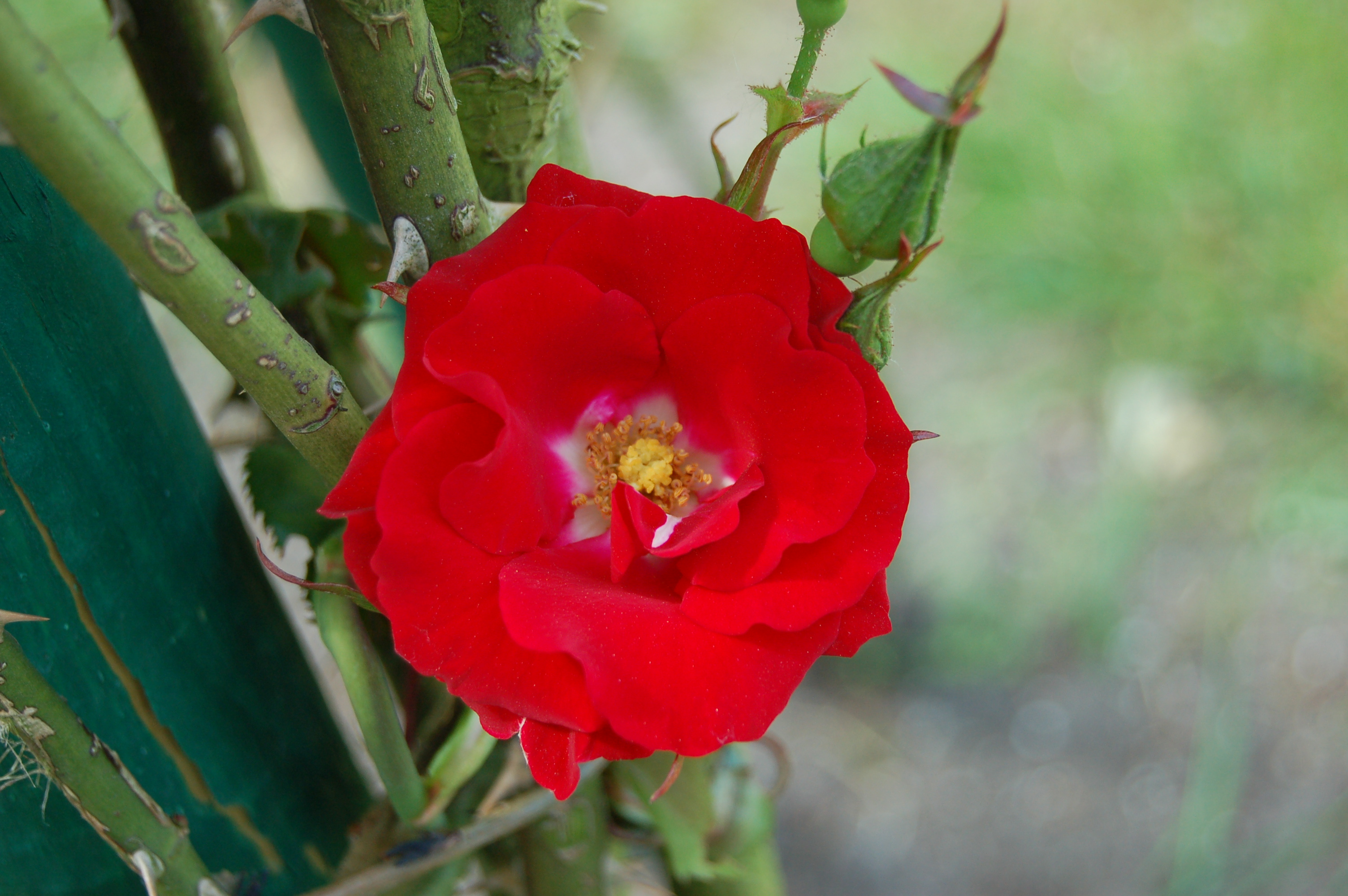
‘Parkdirektor Riggers’, Kordes, 1957
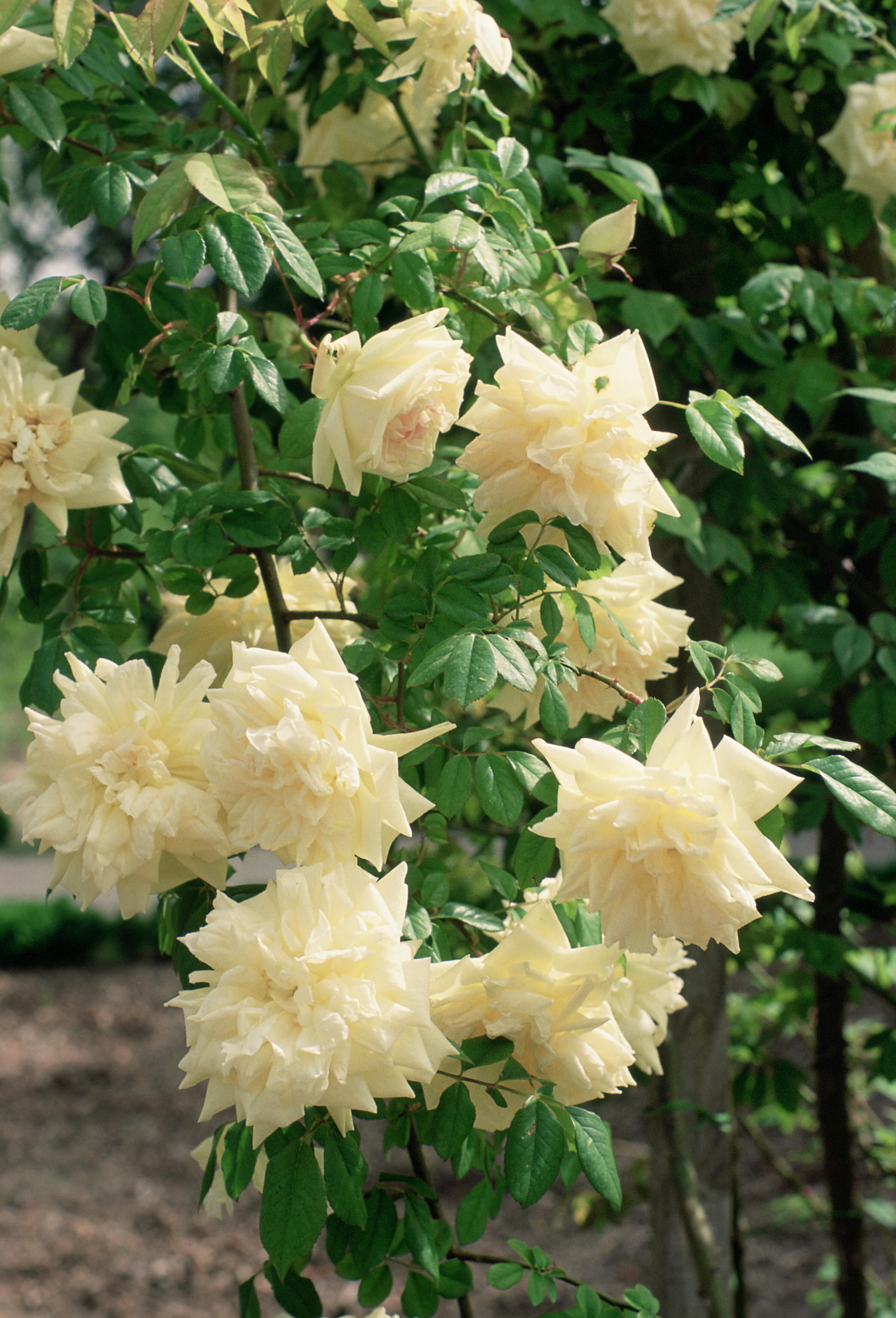
‘Park’s Yellow Tea-scented China’, alte China-Rose, vor 1820
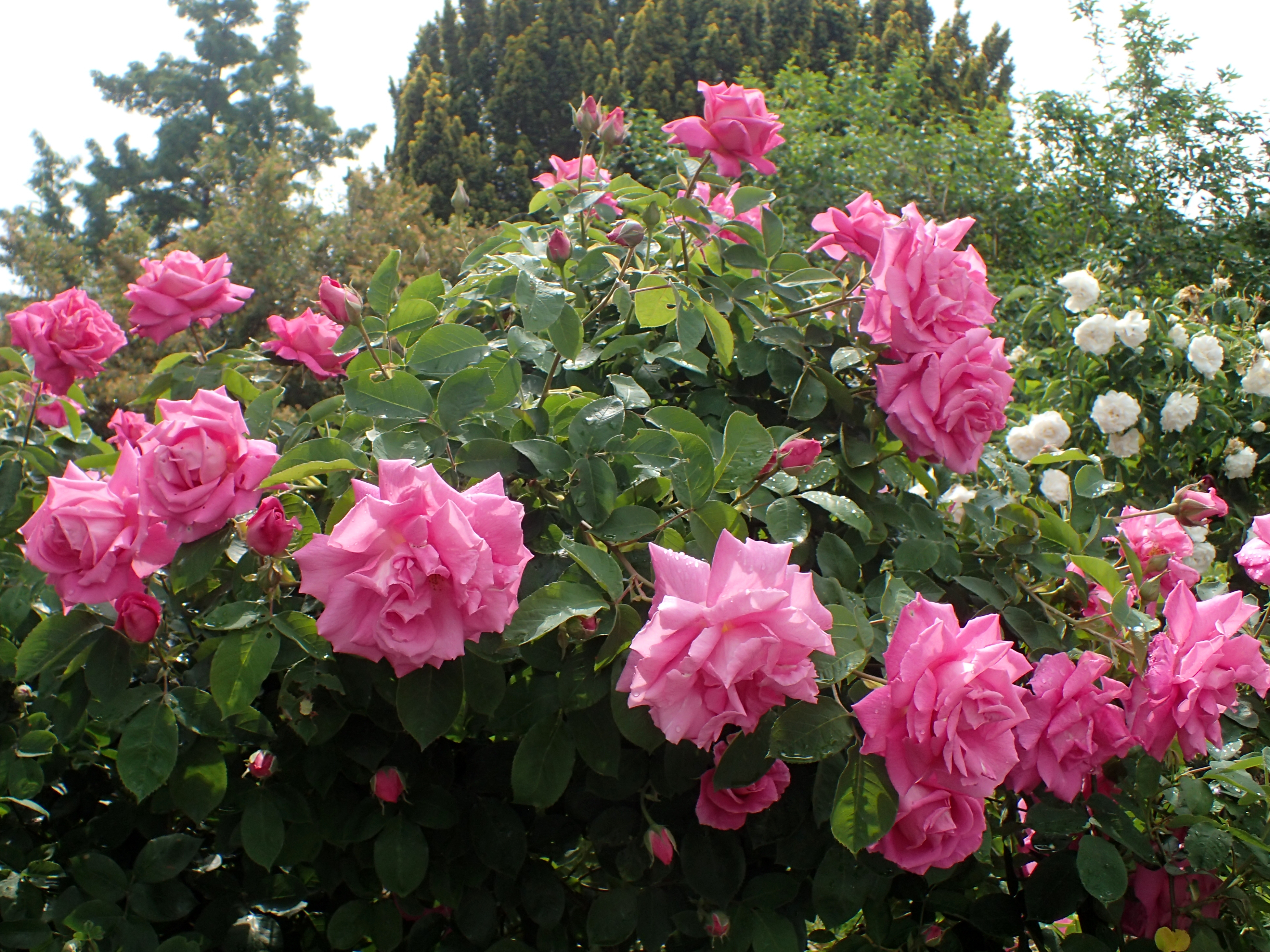
‘Park Wilhelmshöhe’, Kordes, 1987
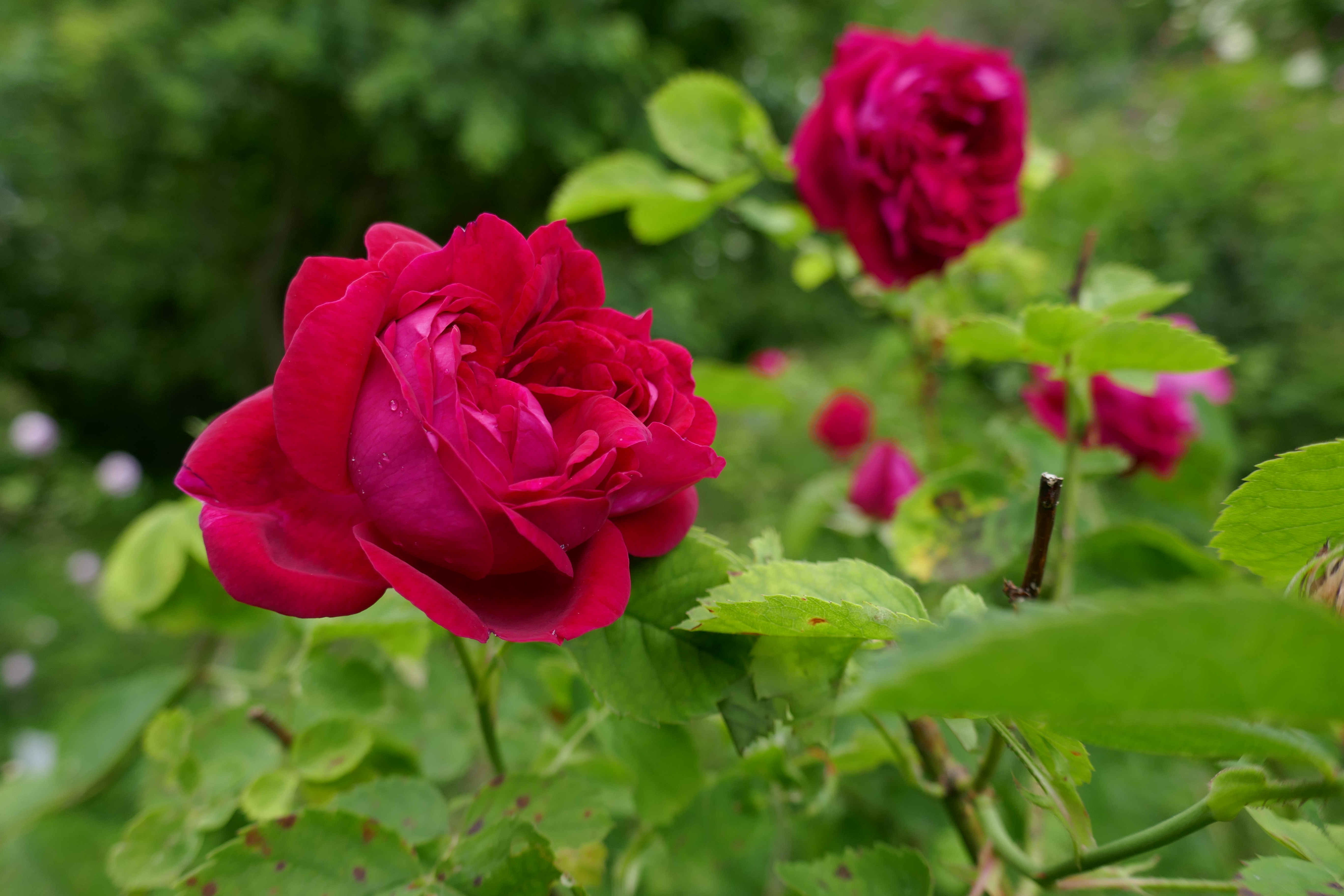
‘Parkzierde’, Geschwind, 1909
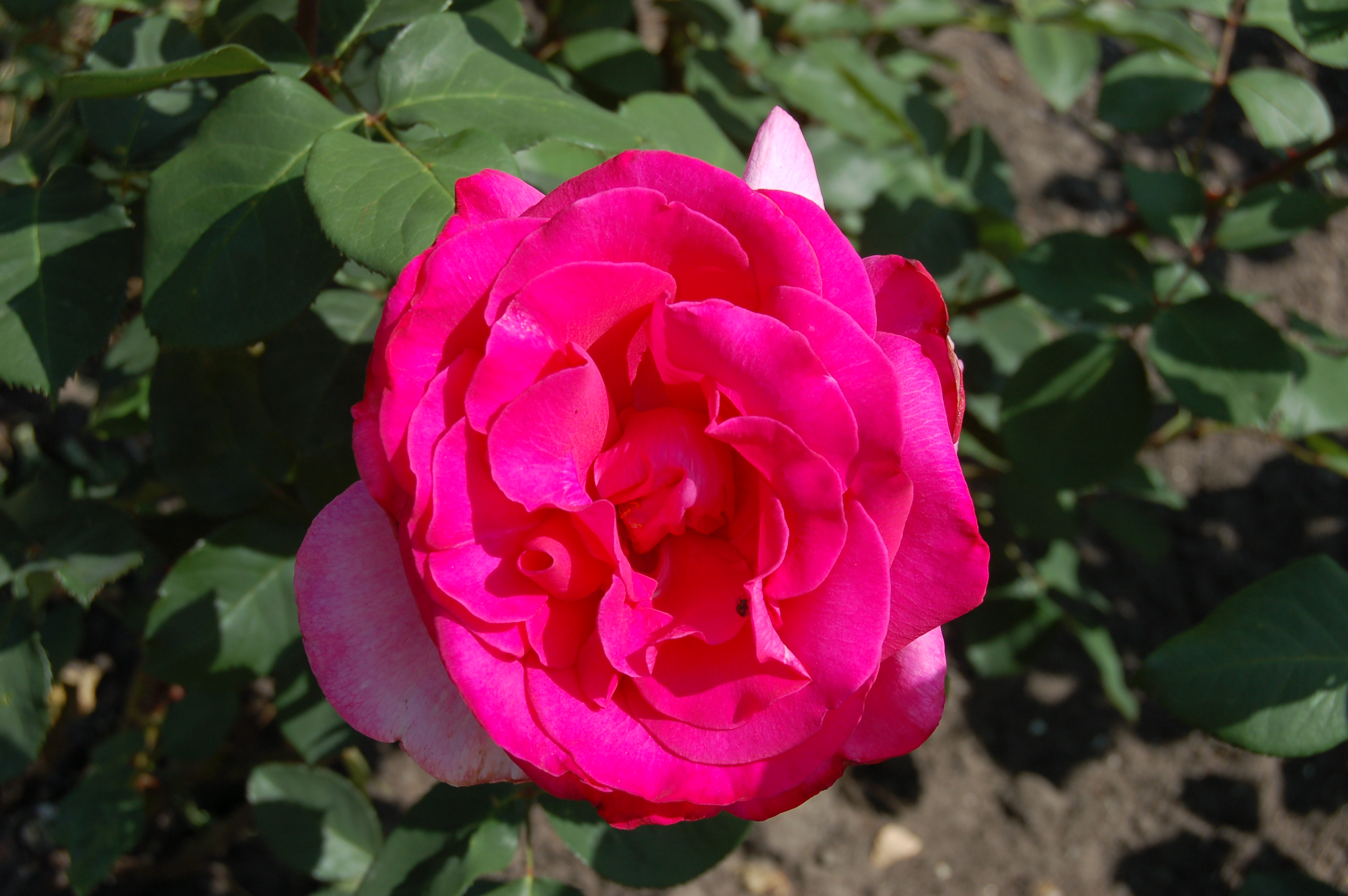
‘Parole’, Kordes, 2002
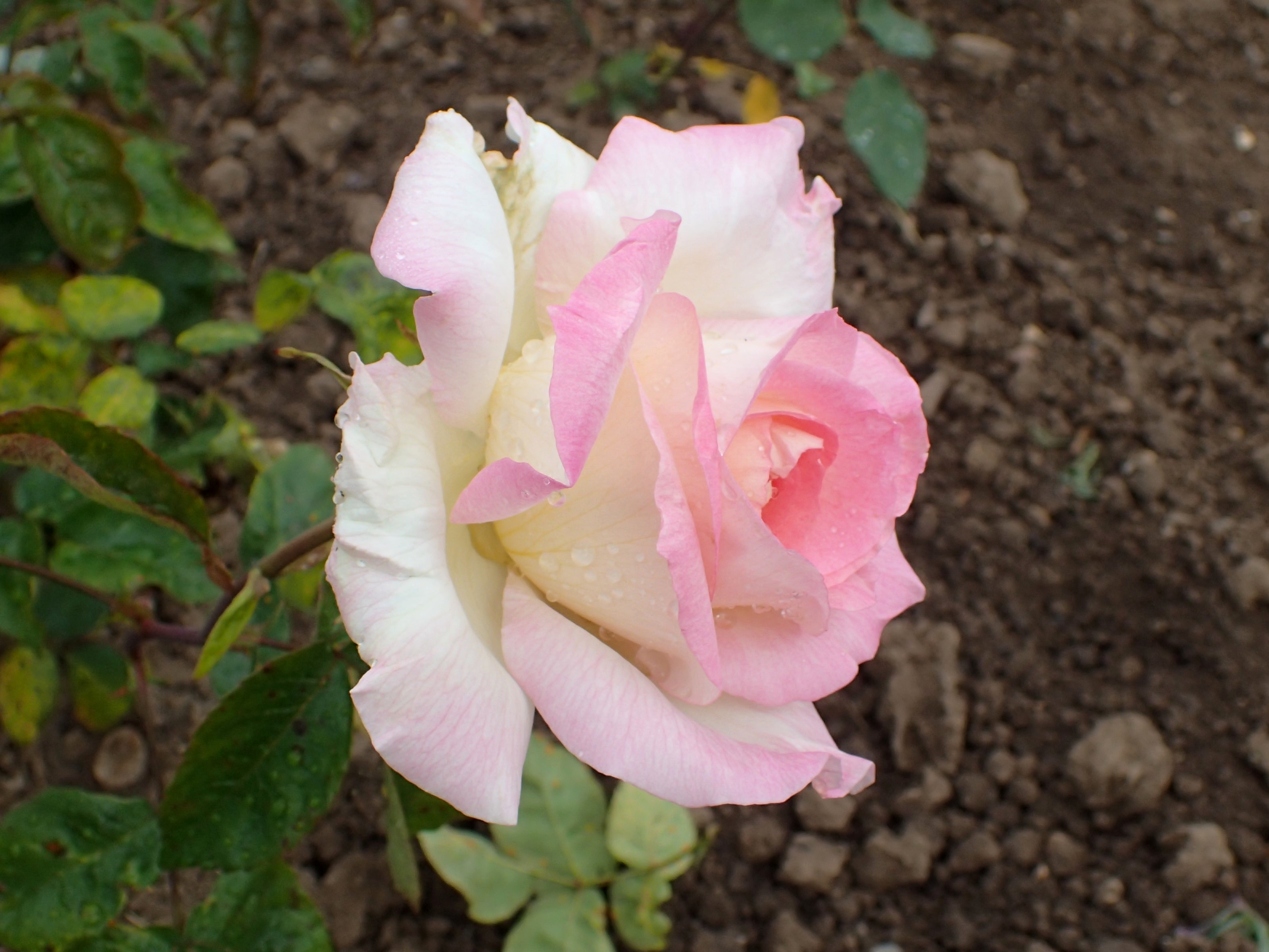
‘Parthenon’, André Delbard-Chabert, 1967
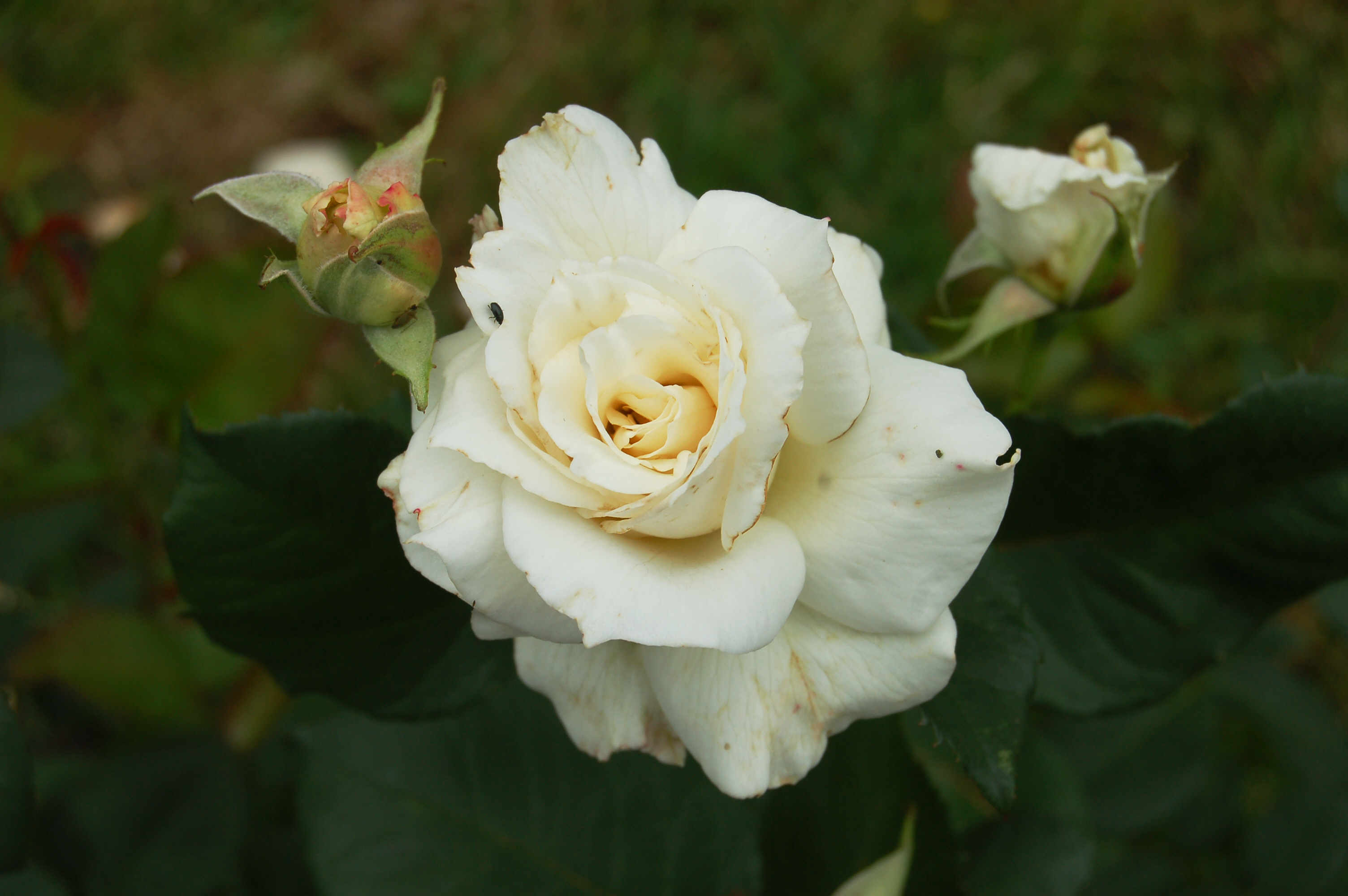
‘Pascali’, Lens, 1963
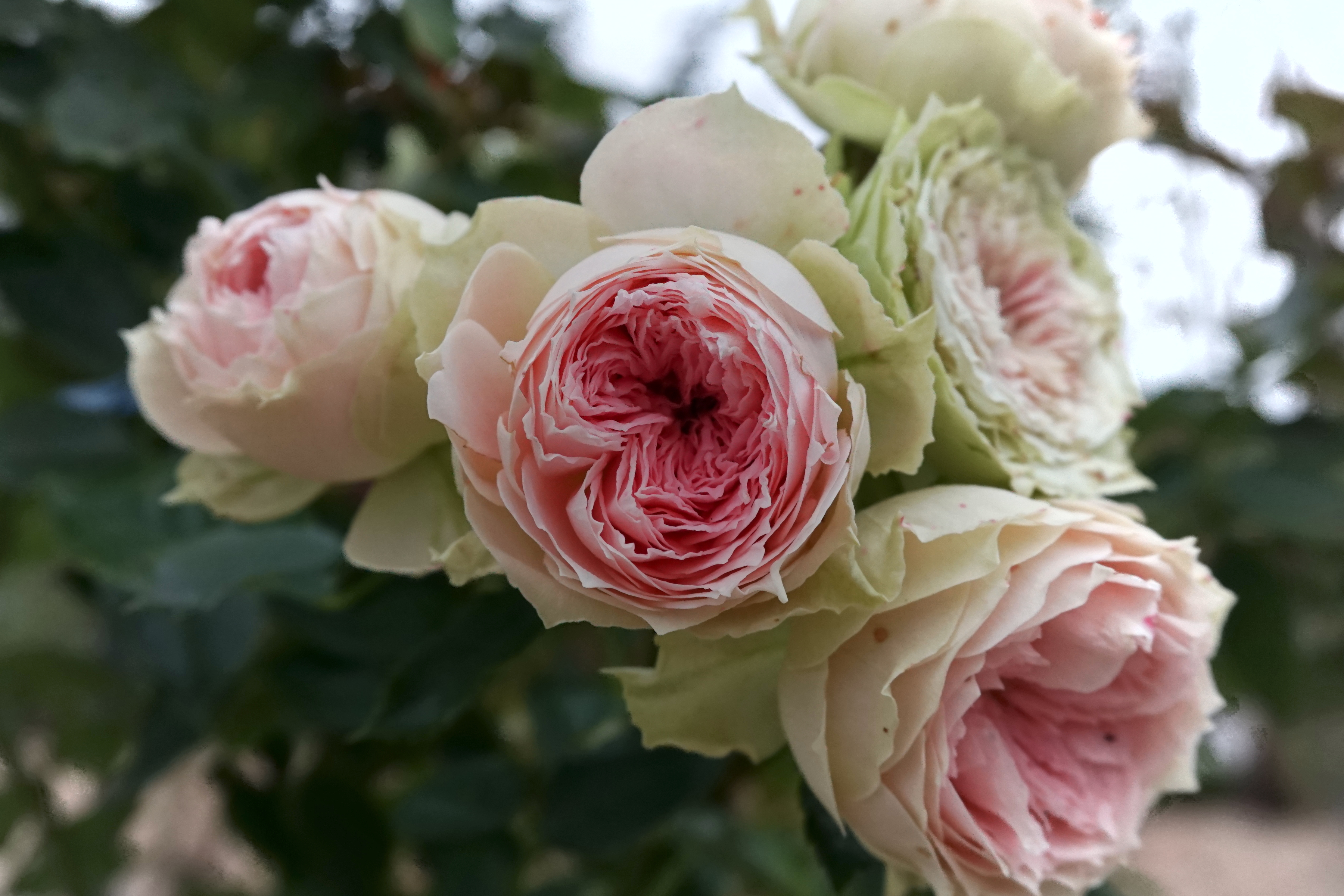
‘Pashmina’, Kordes, 1999
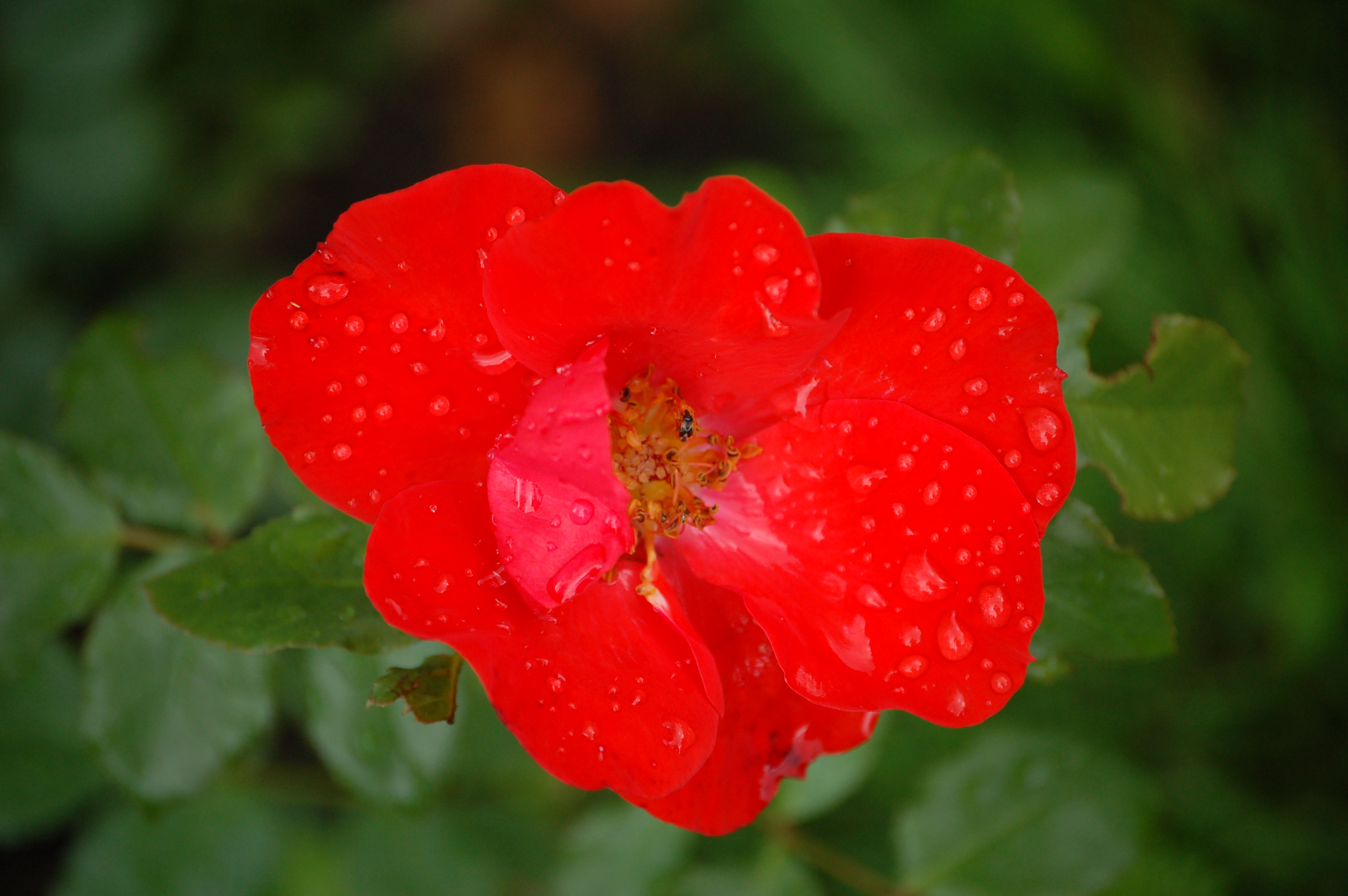
‘Paso Double’, Meilland/Strobel, 1976
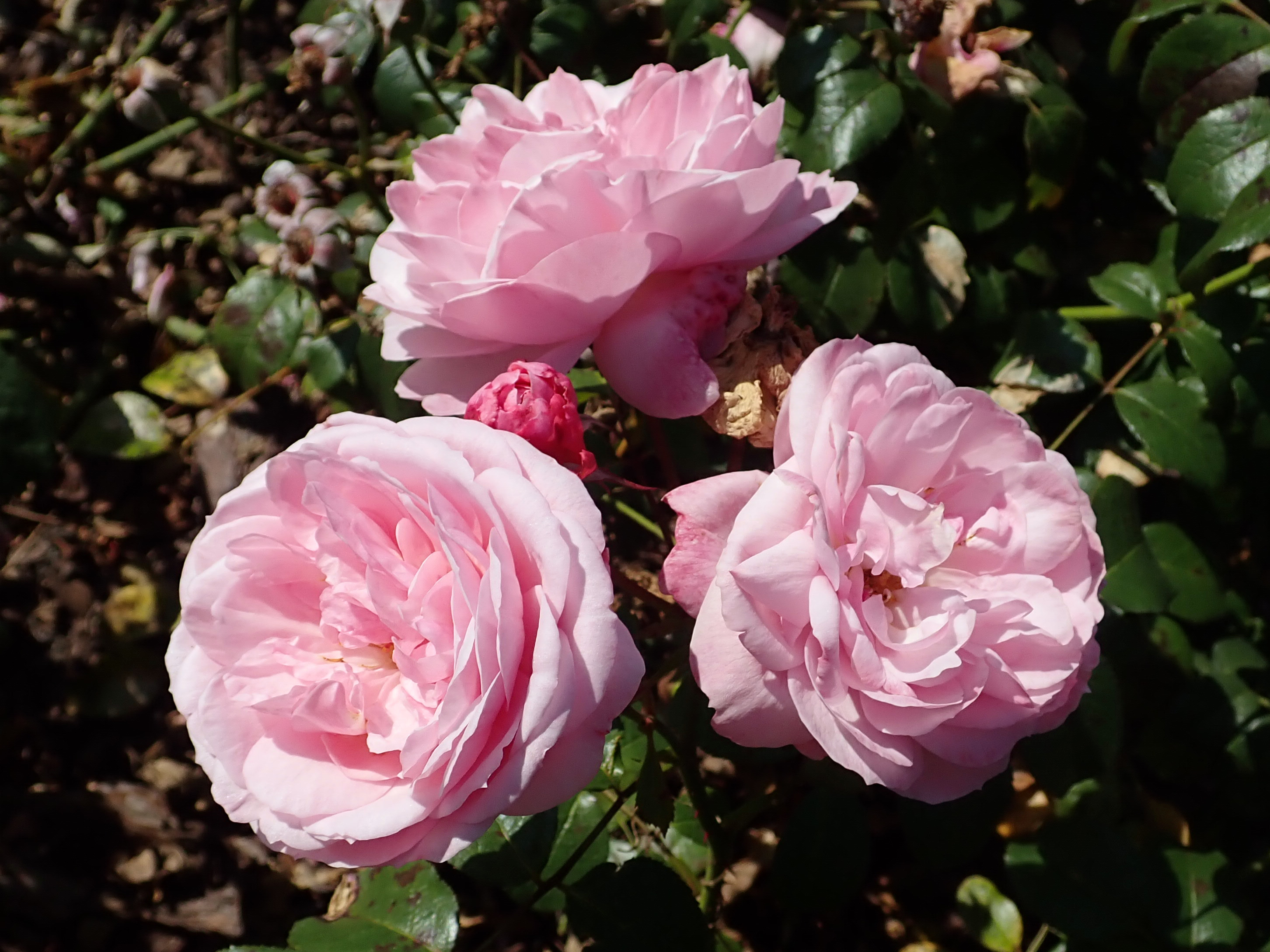
‘Passion For Ever’, Martin Vissers, vor 2004
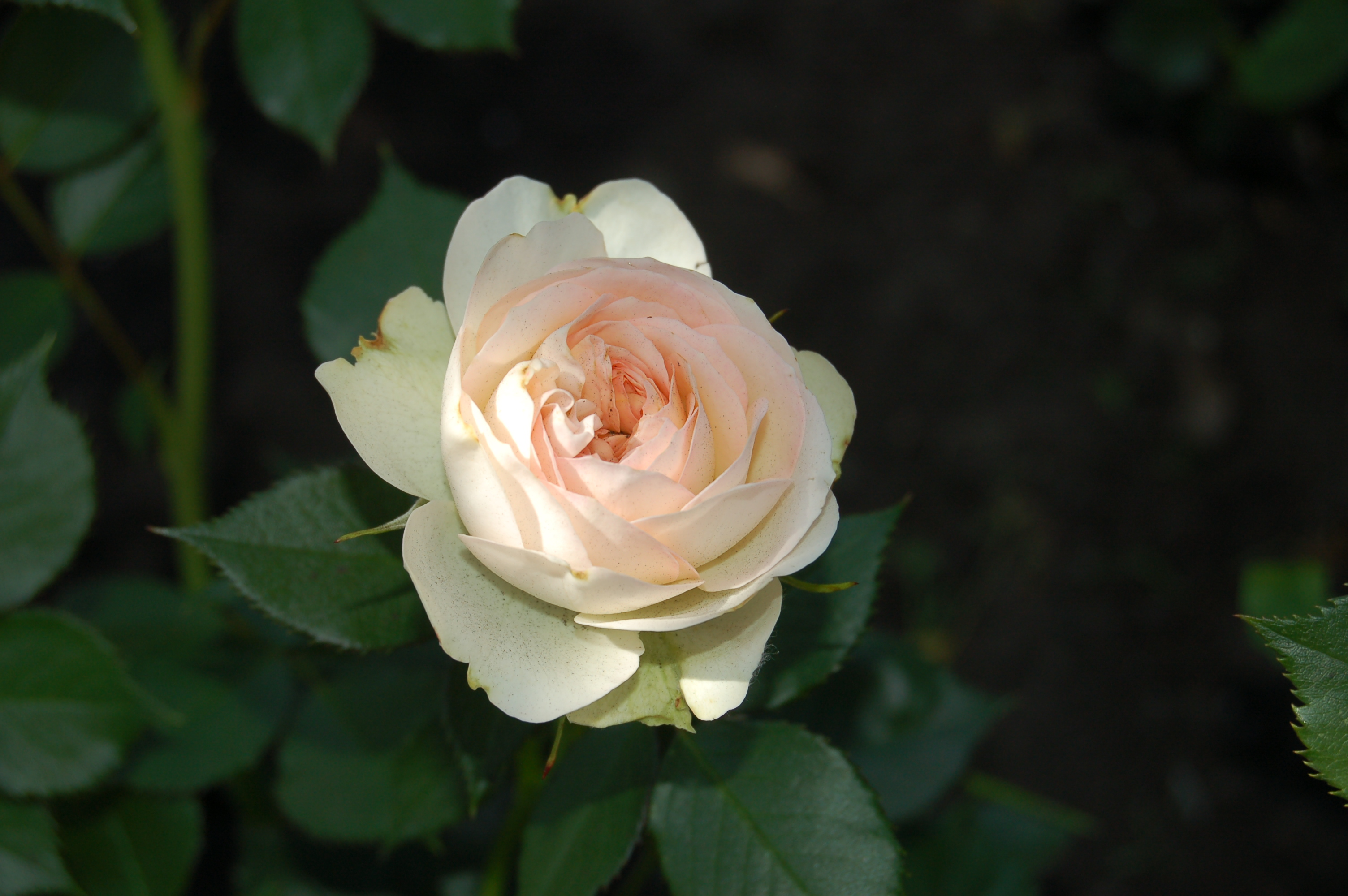
‘Pastella’, Tantau, 2003
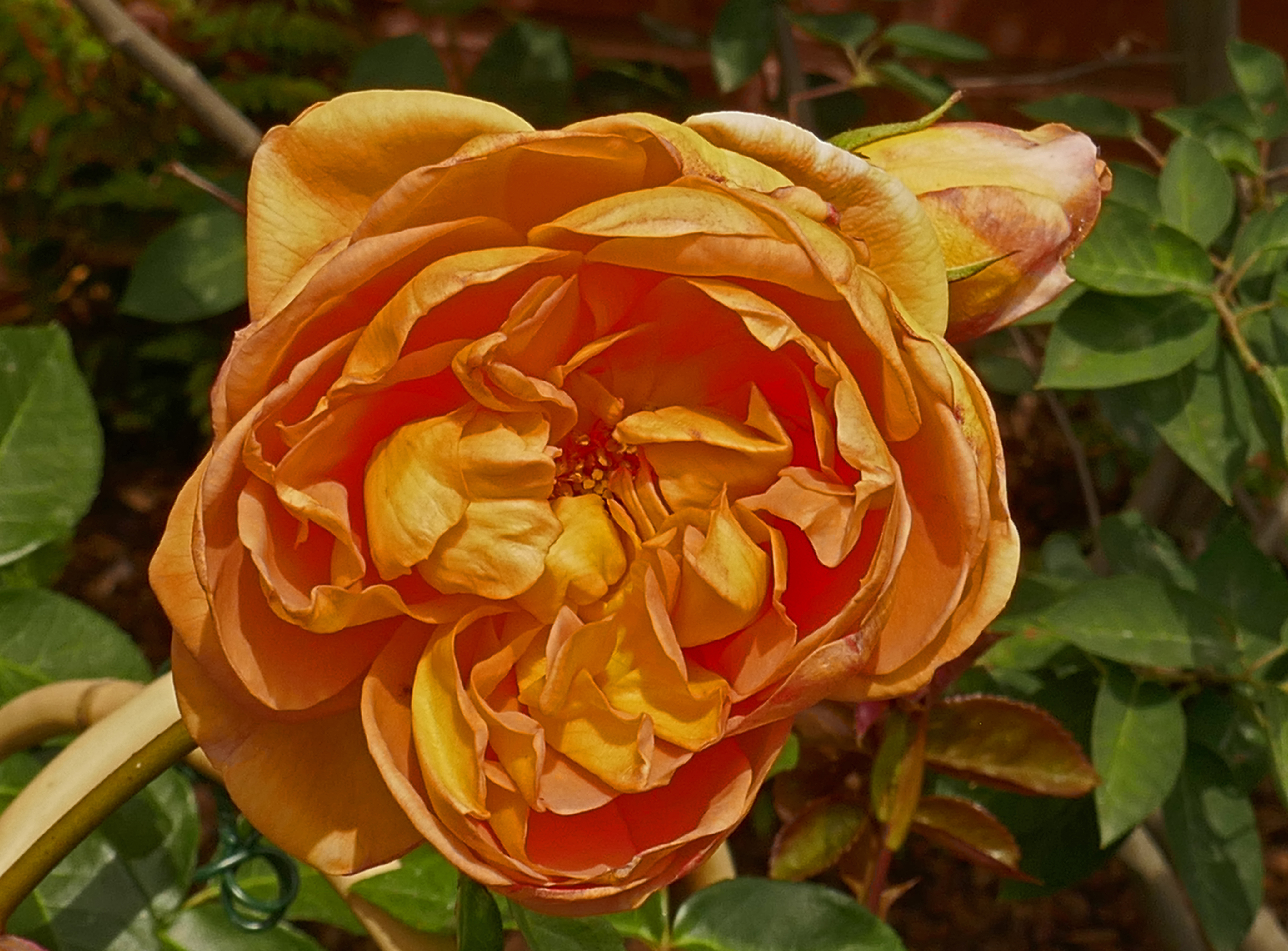
‘Pat Austin’, David Austin, 1995
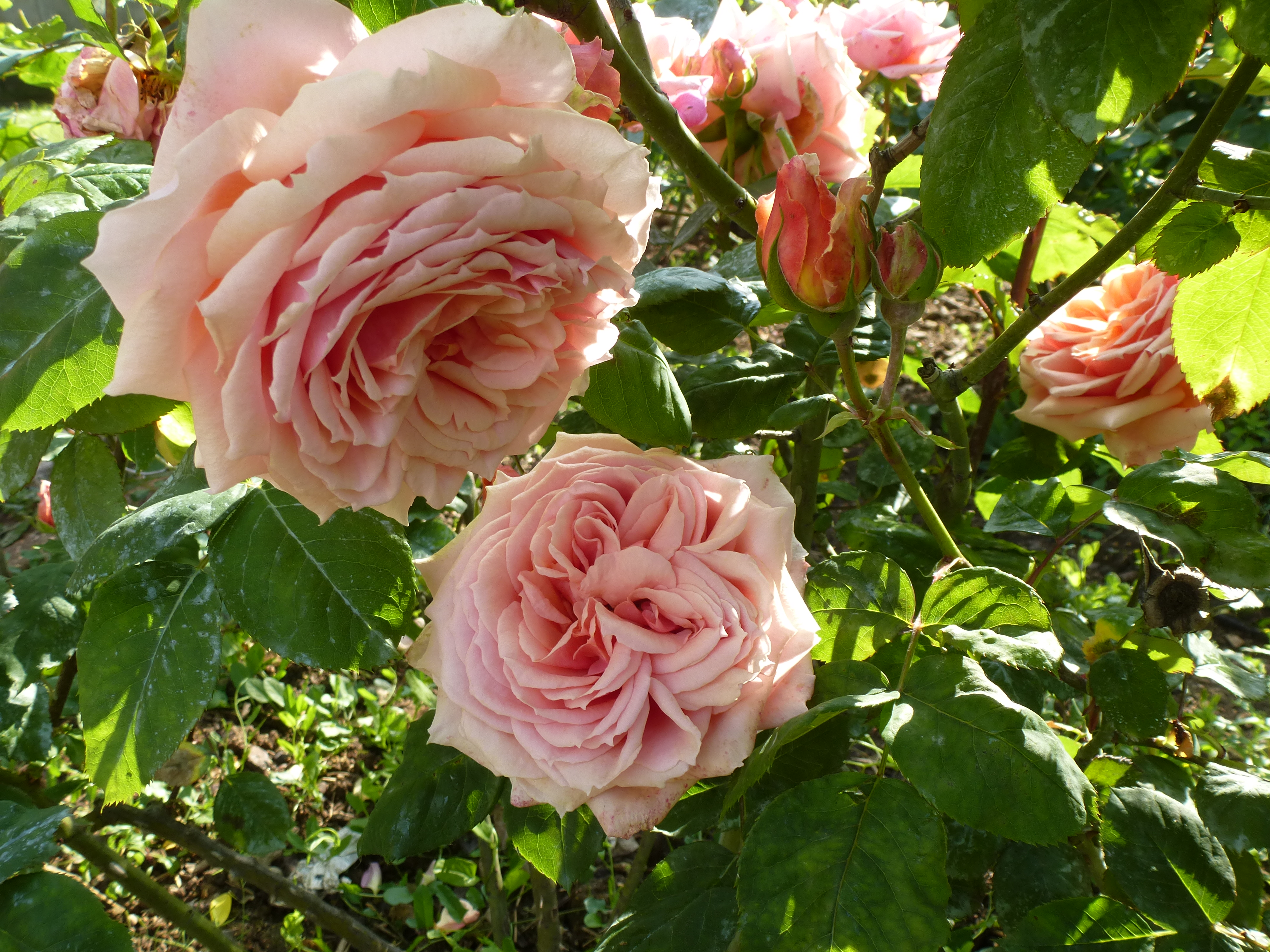
‘Paul Bocuse’, Dominique Massad, 1992/1997
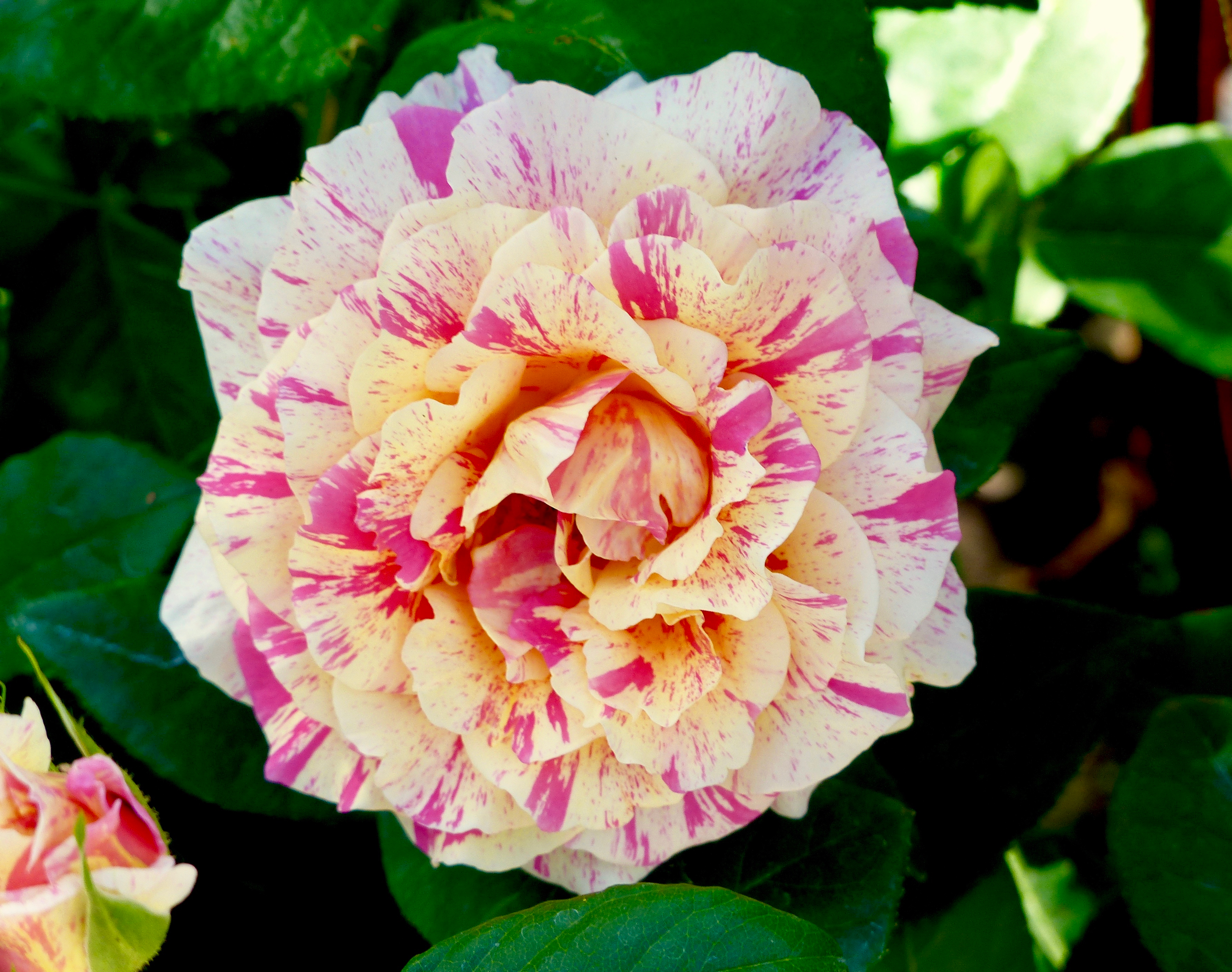
‘Paul Cézanne’, Jackson & Perkins, 1992
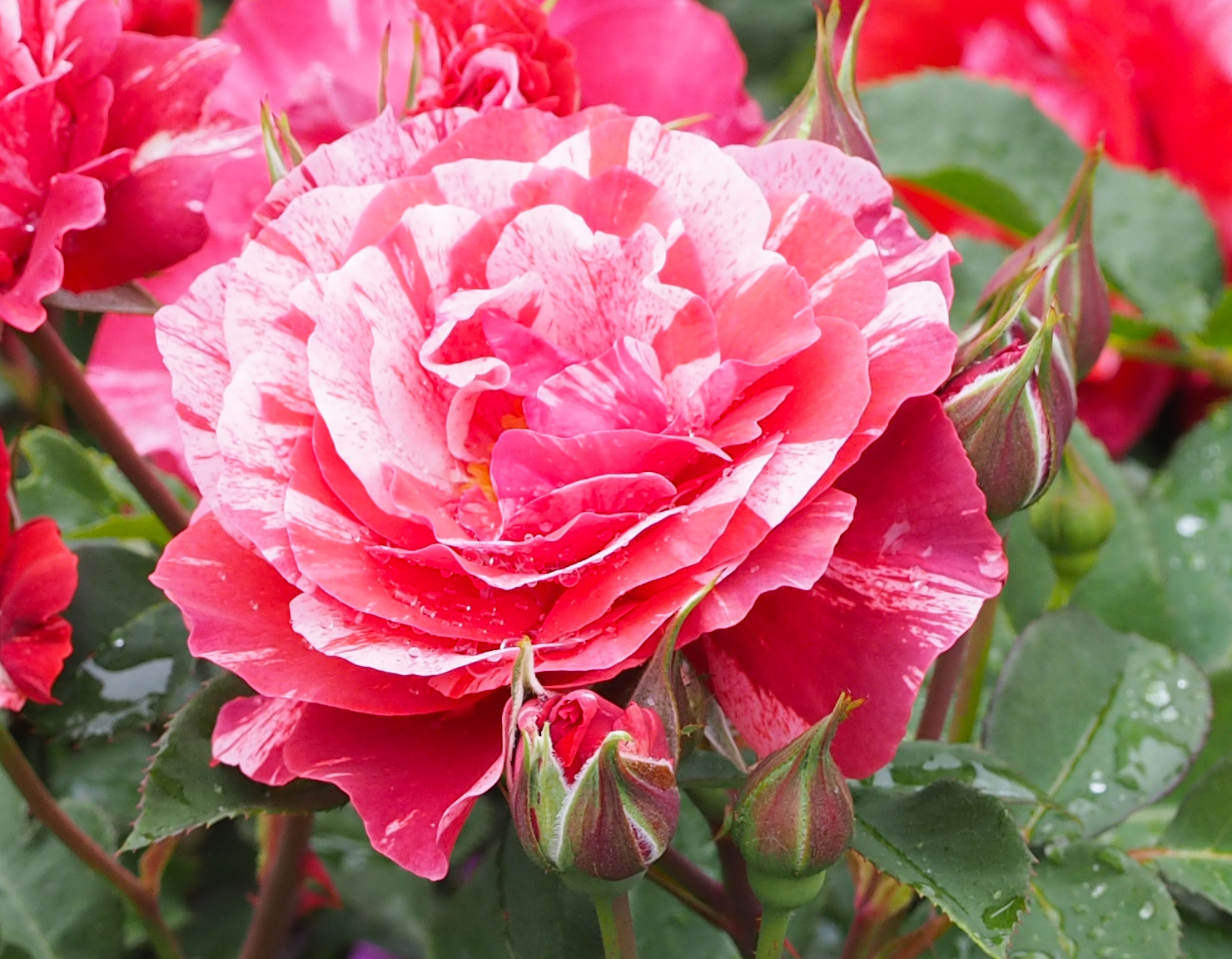
‘Paul Gauguin’, Jack E. Christensen, 1992
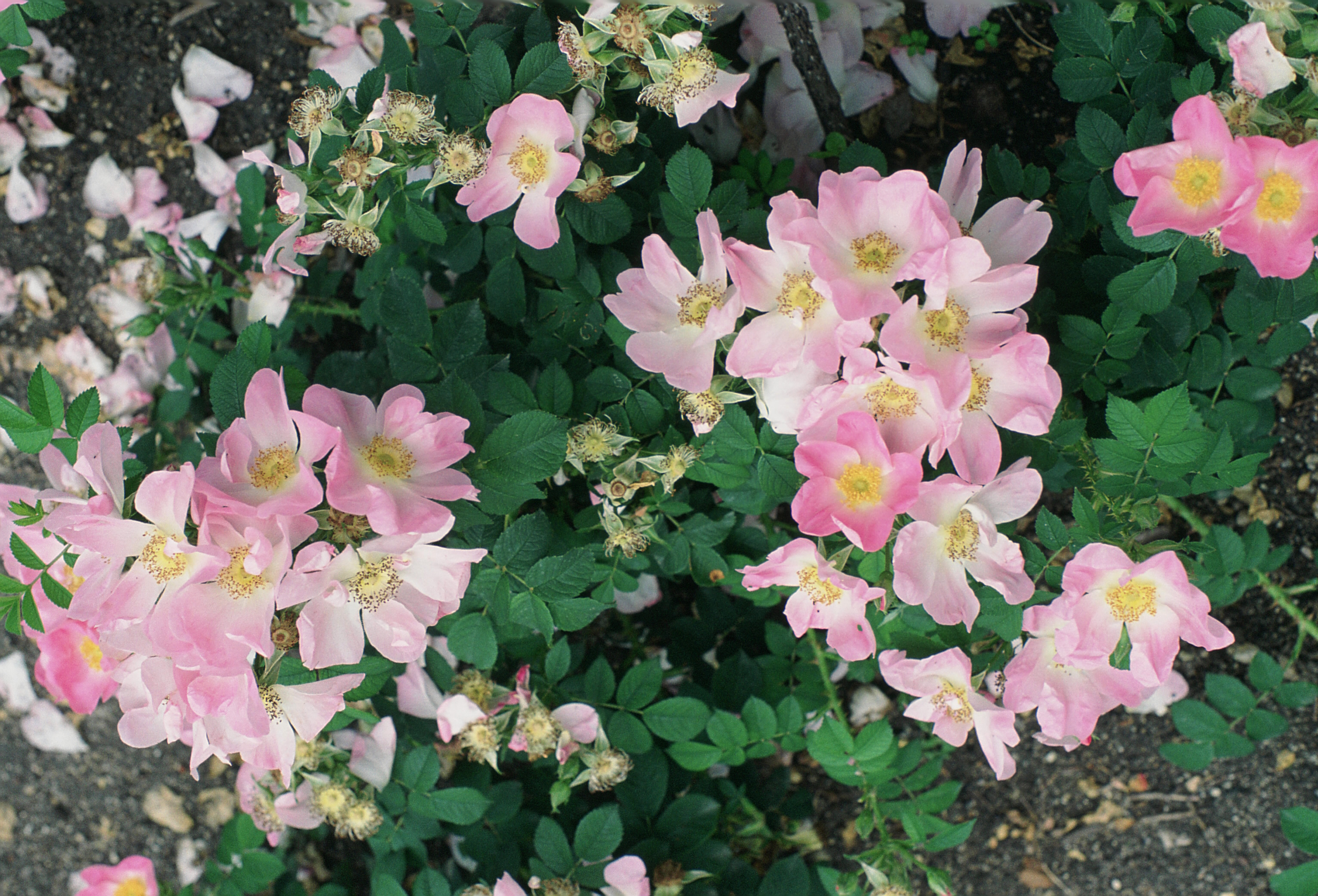
‘Paulii Rosea’, ?
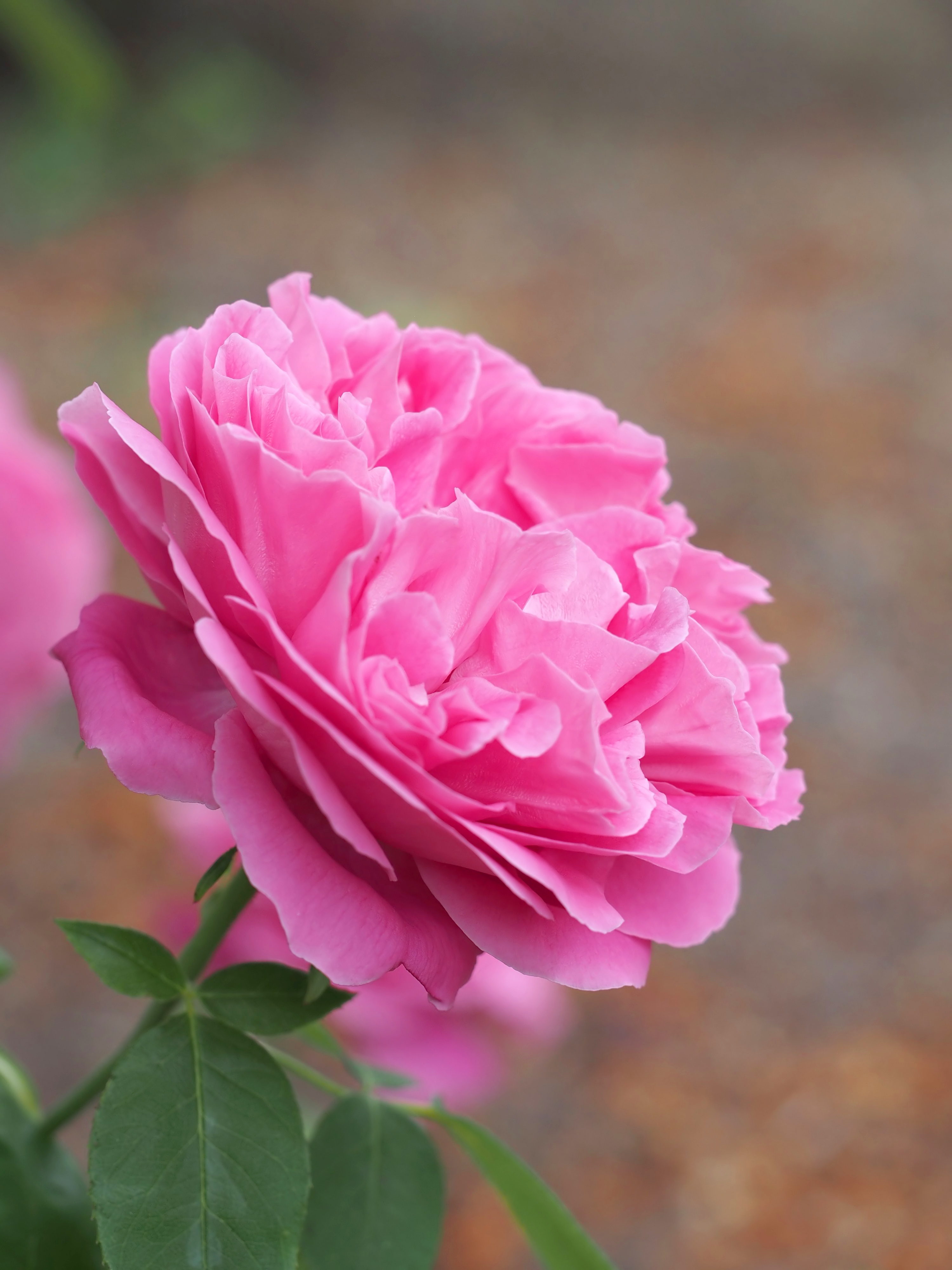
‘Paul Neyron’, Antoine Levet, 1869
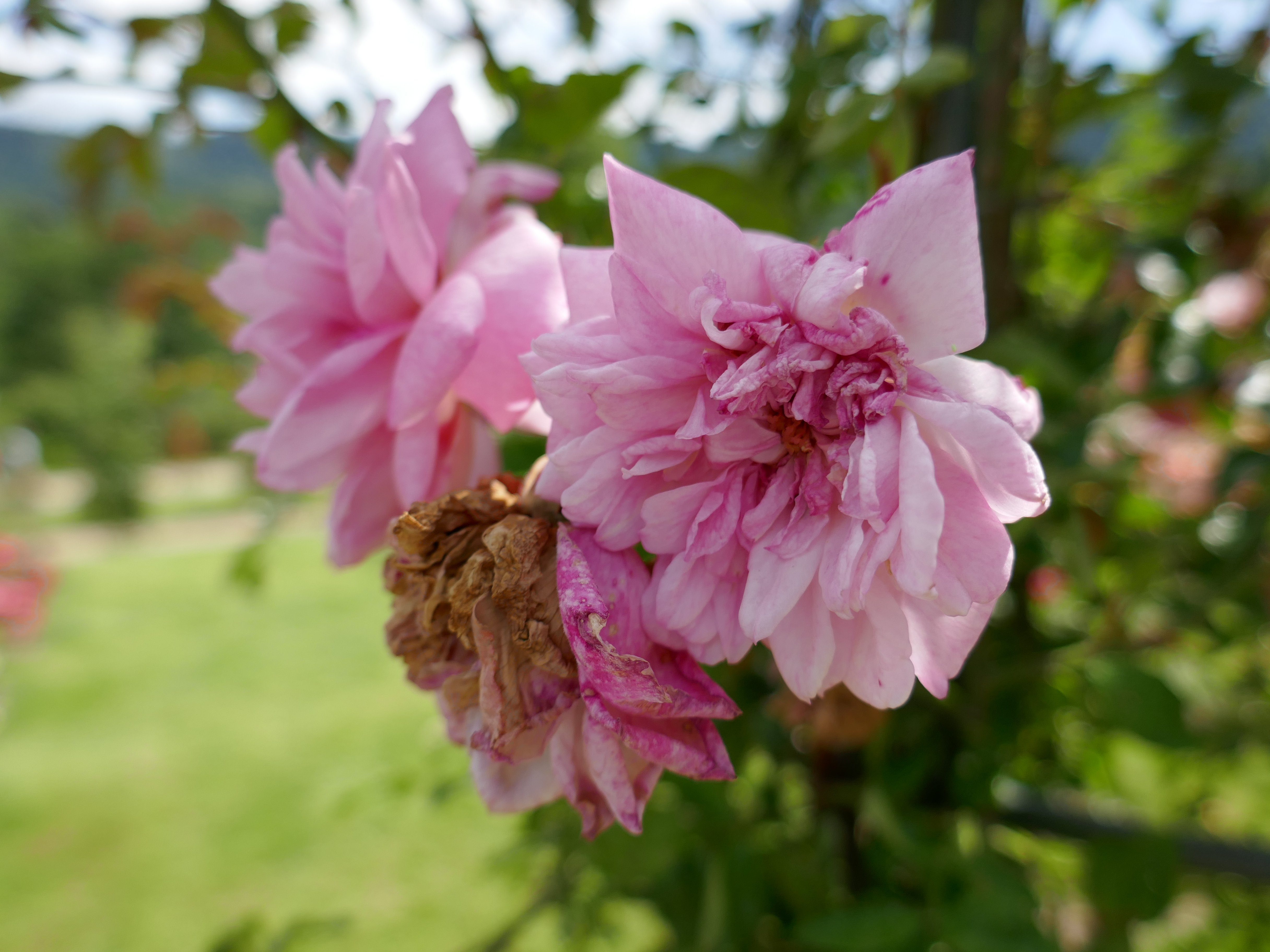
‘Paul Noël’, Tanne, 1913
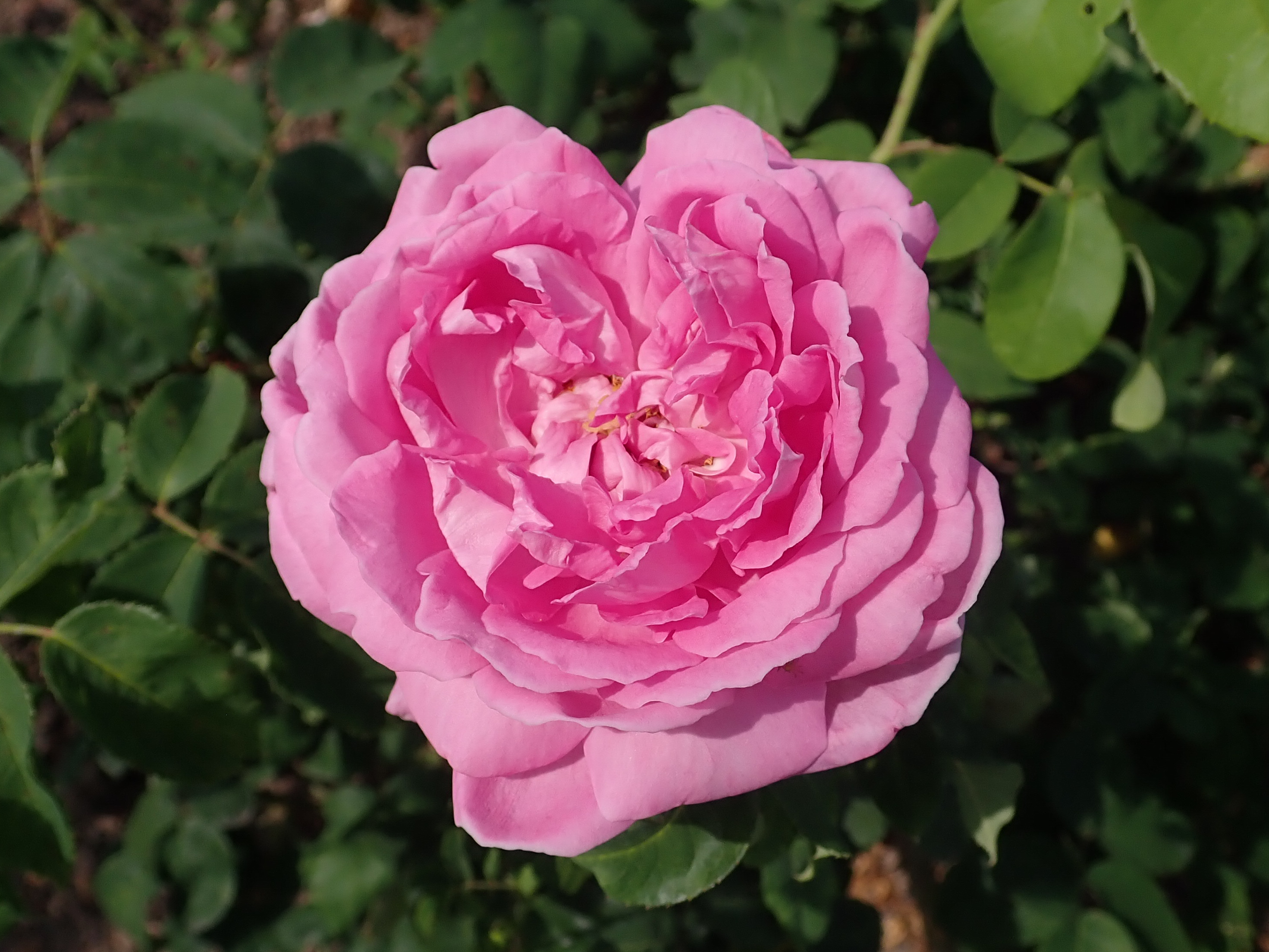
‘Paul Perras’, vor 1840
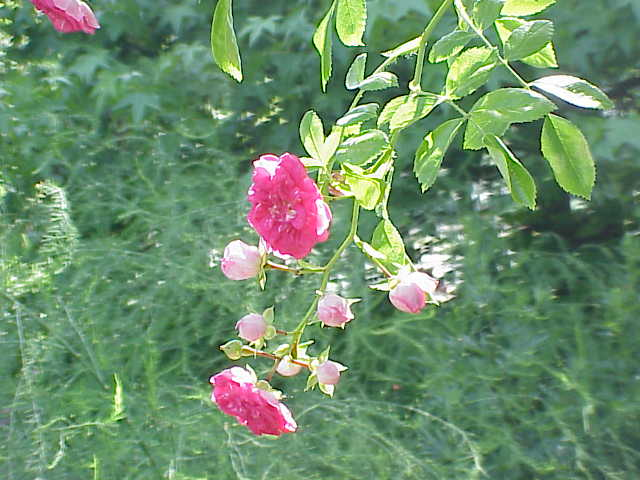
‘Paul Ploton’, Barbier, 1910
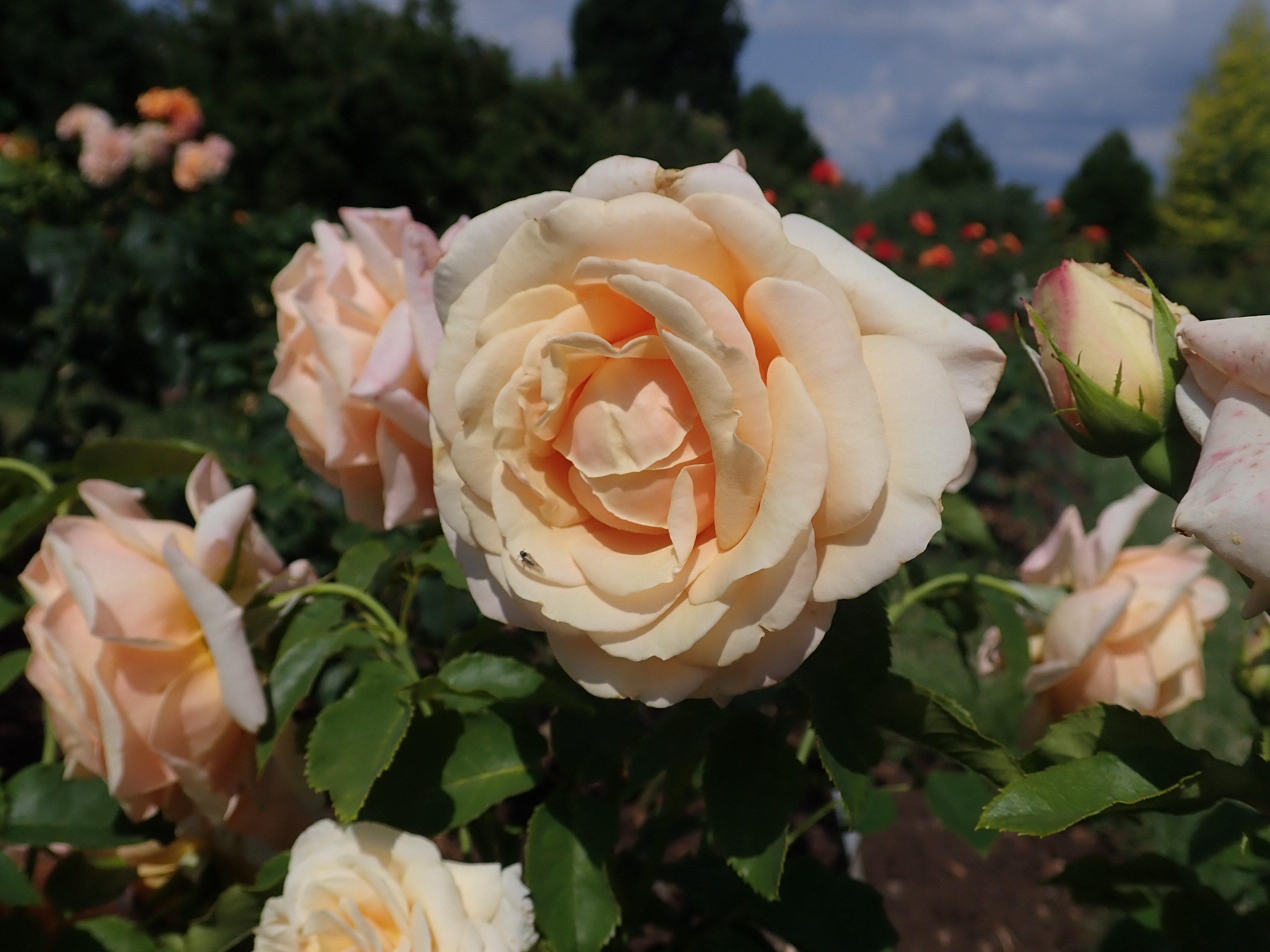
‘Paul Ricard’, Meilland, 1991
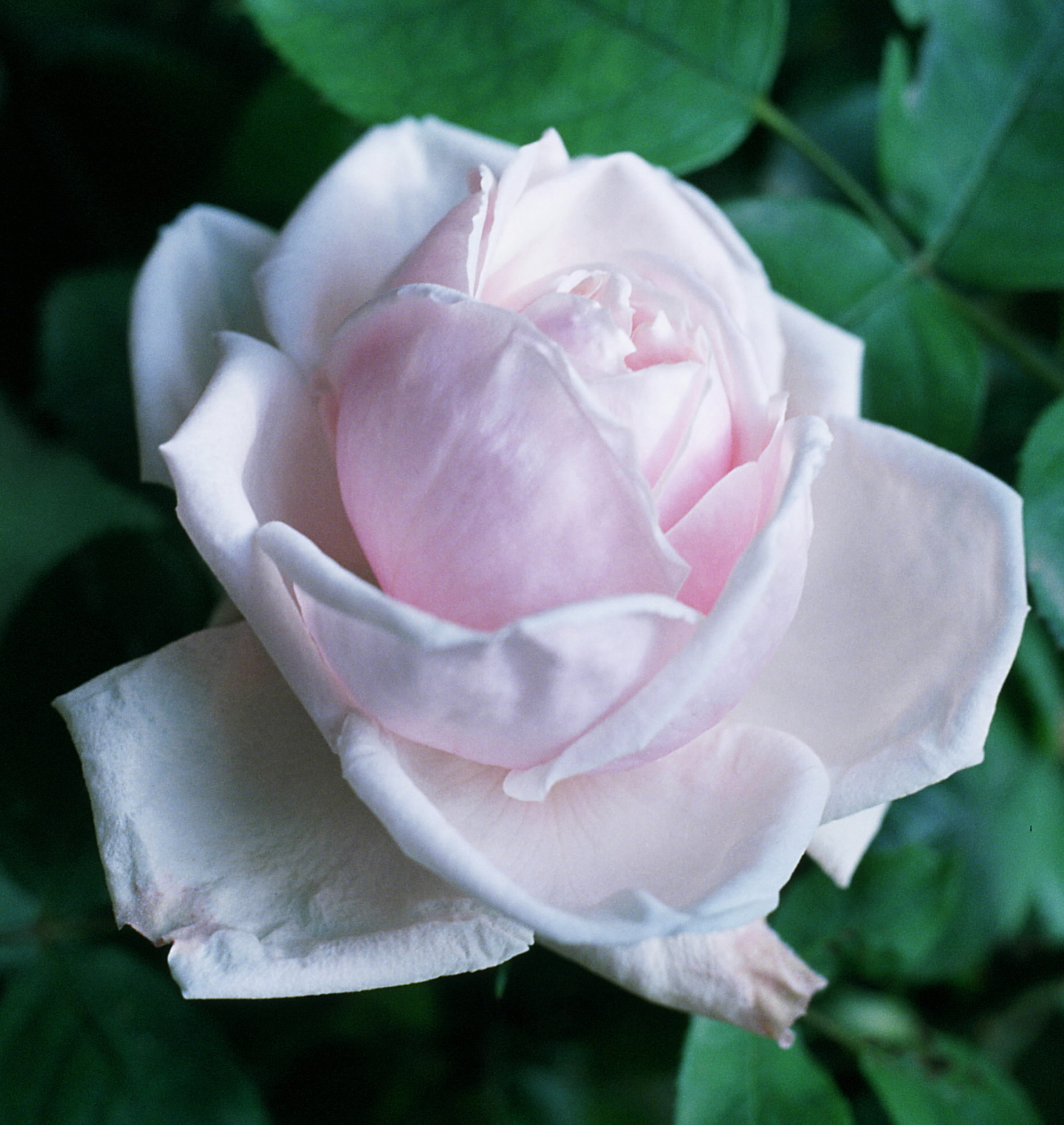
‘Paul’s Early Blush’, George Paul, 1893
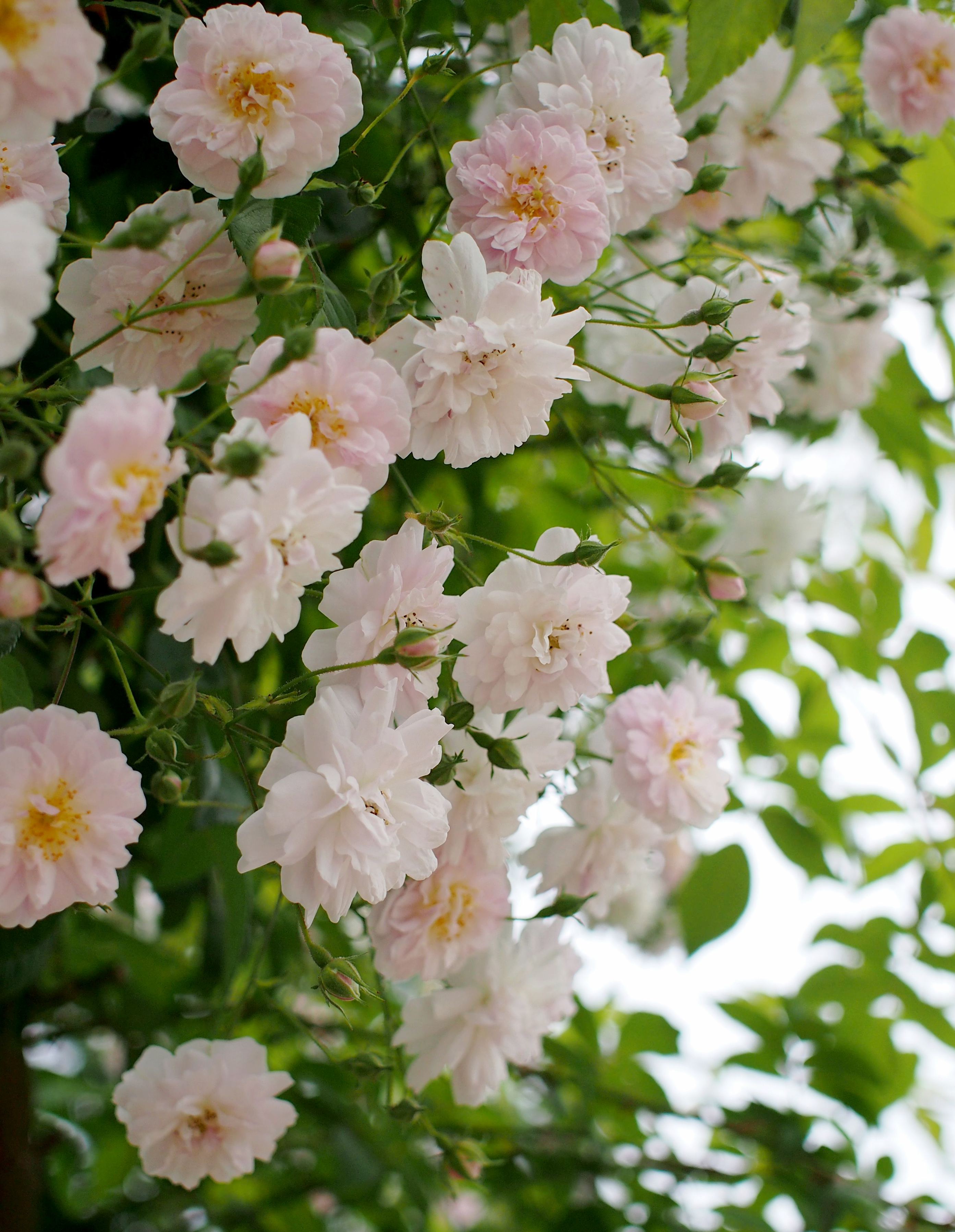
‘Paul’s Himalayan Musk’, George Paul, 1916
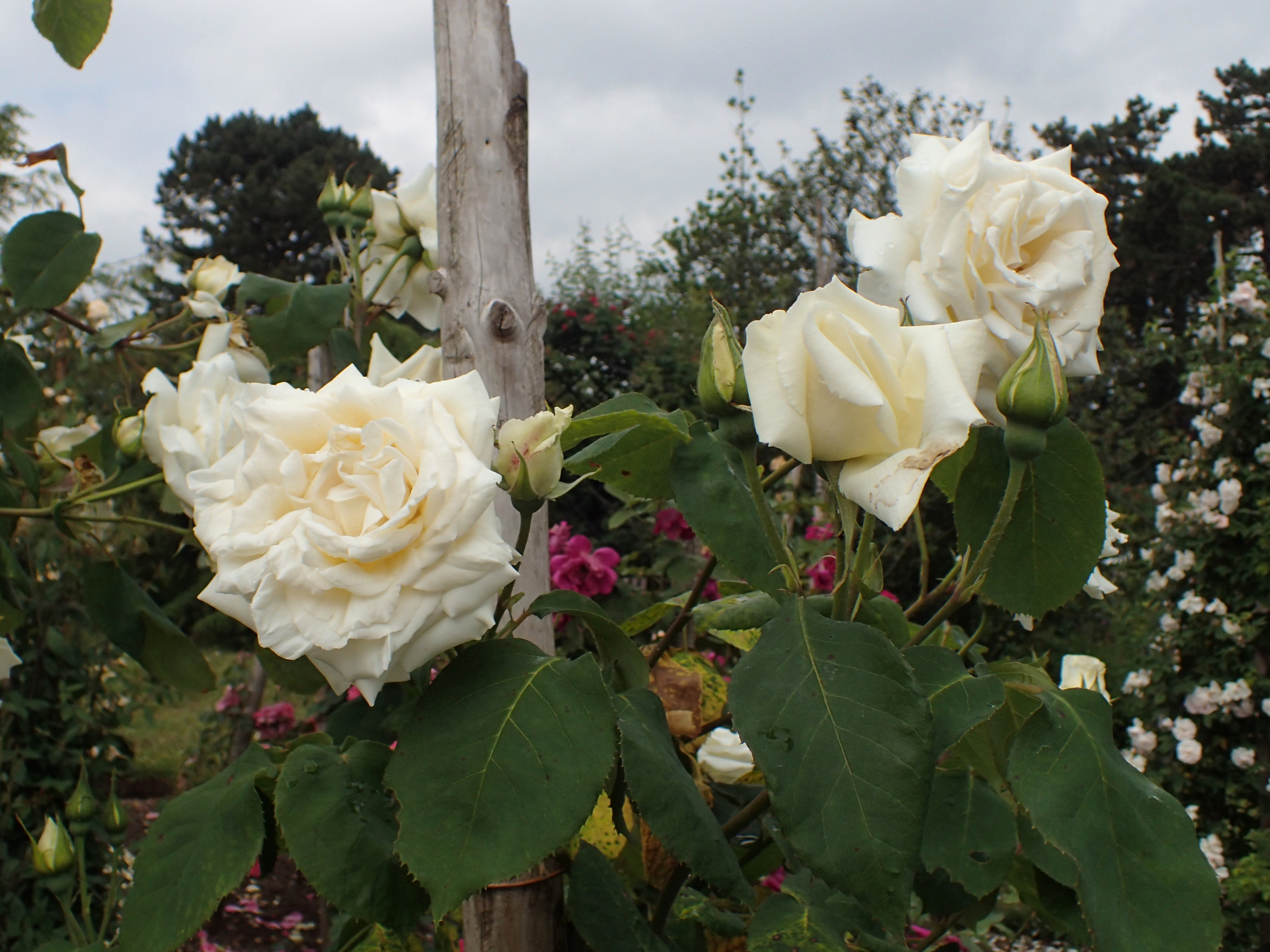
‘Paul’s Lemon Pillar’, George Paul, 1915
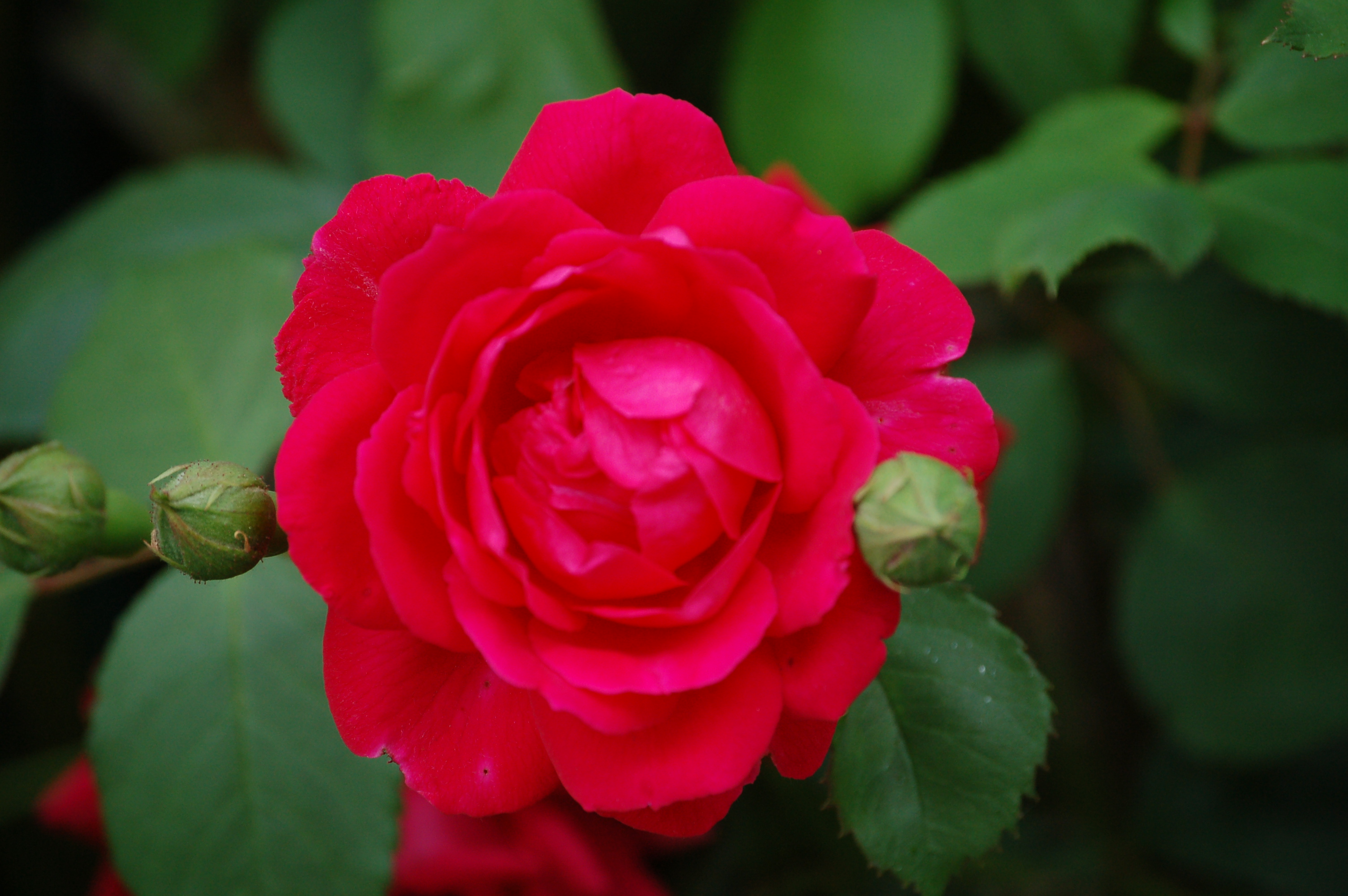
‘Paul’s Scarlet Climber’, W. Paul & Son, 1915
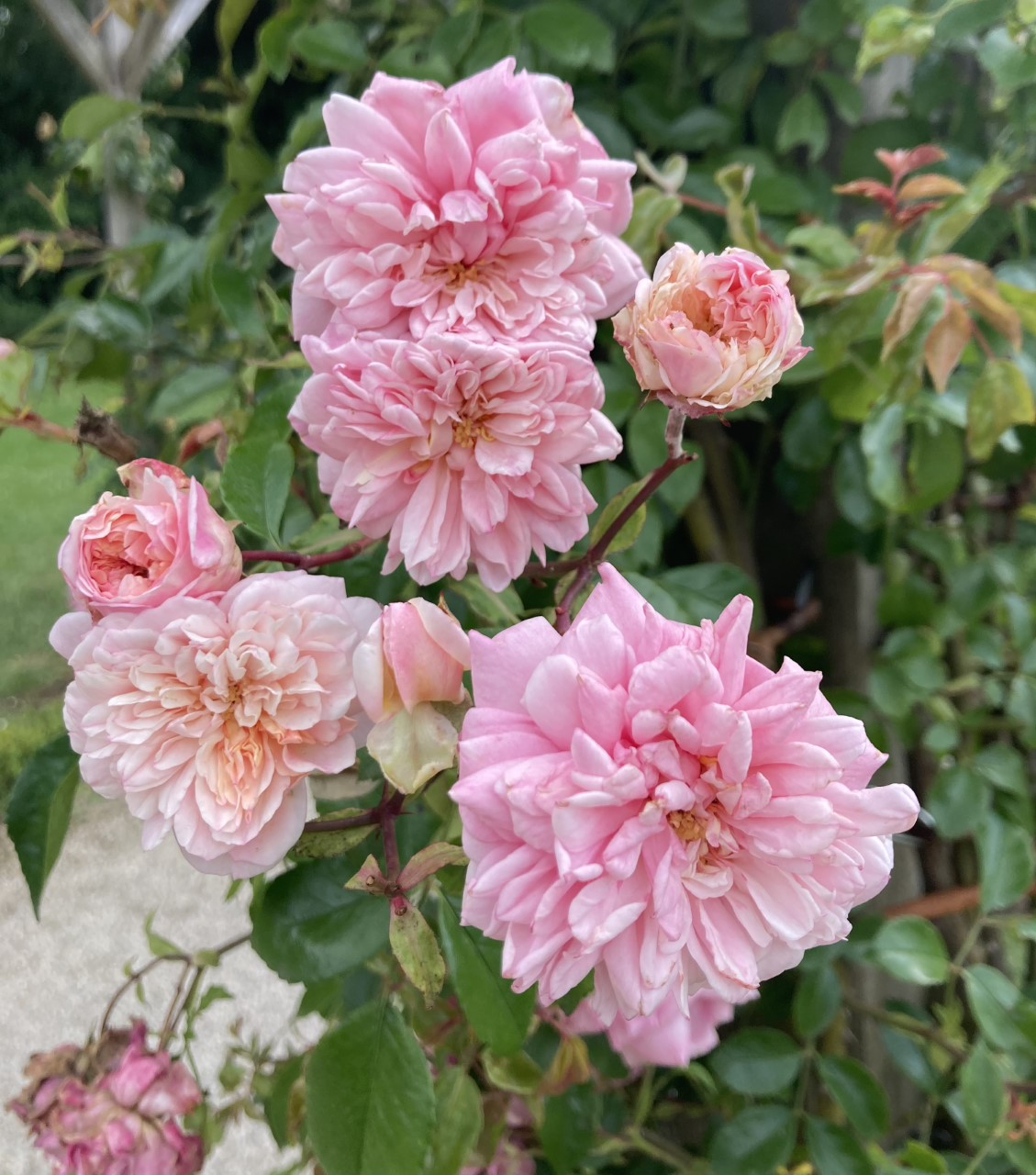
‘Paul Transon’, Barbier, vor 1900
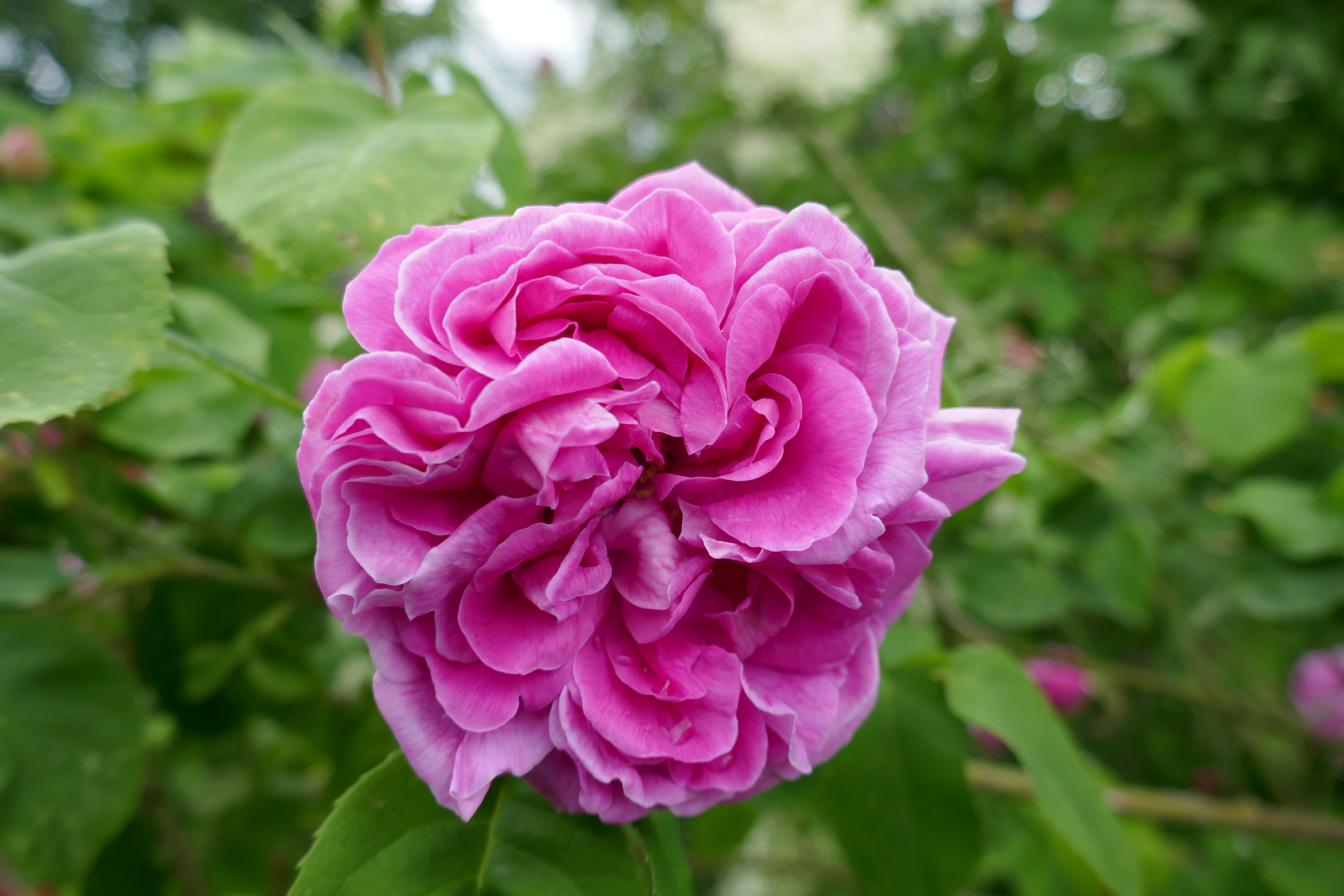
‘Paul Verdier’, Verdier, 1866
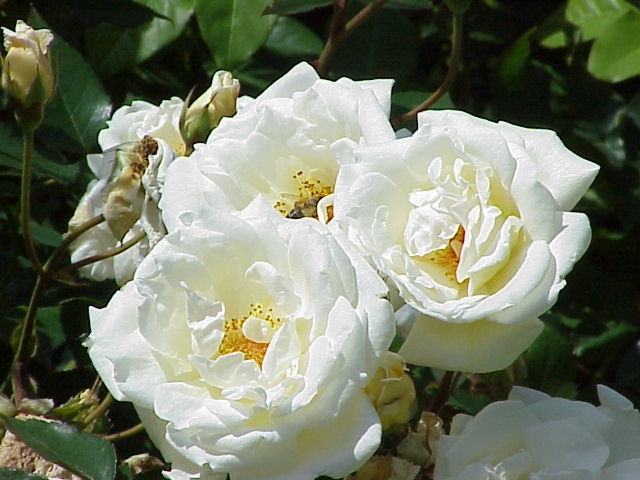
‘Pax’, Pemberton, 1918
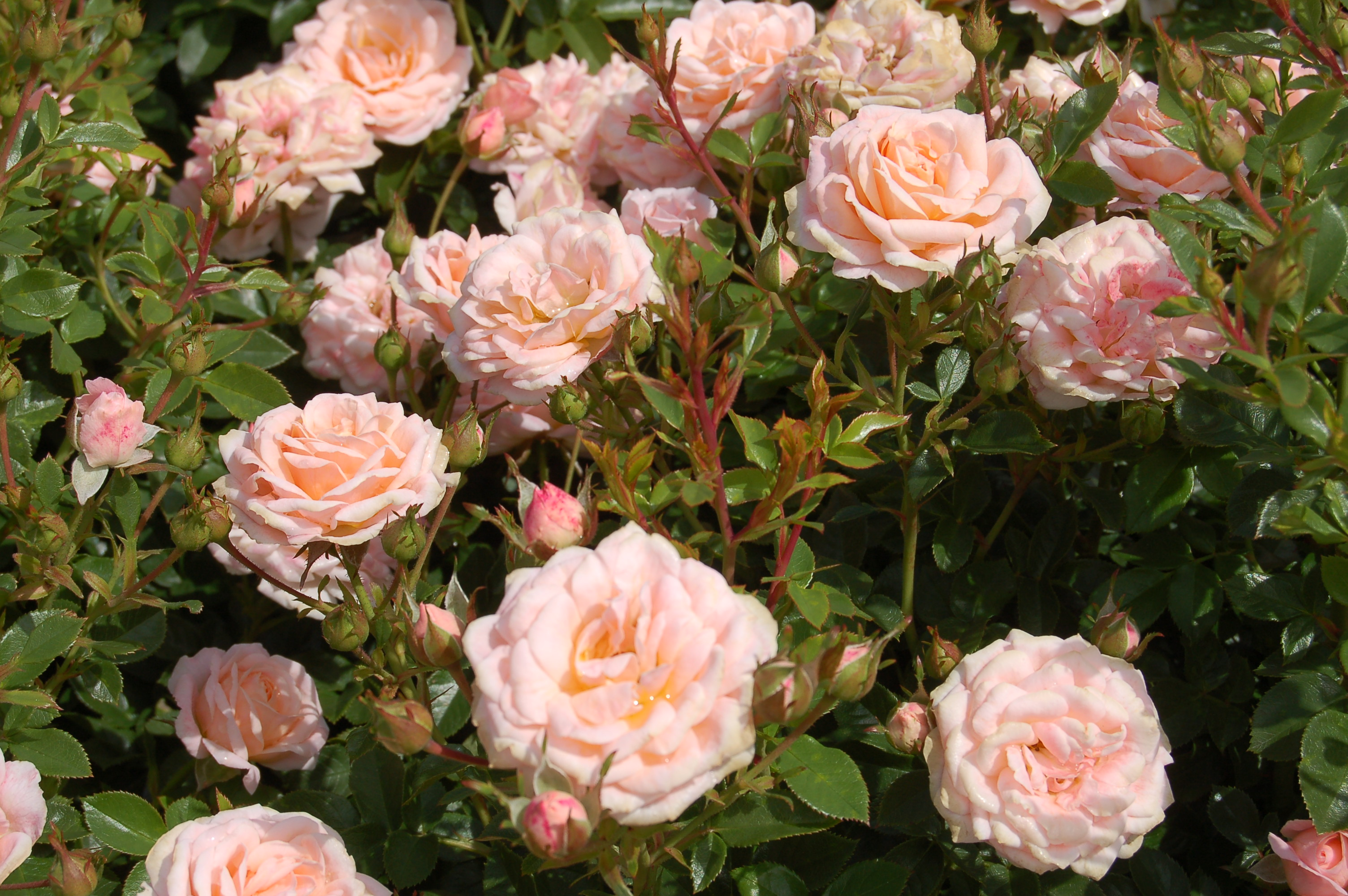
‘Peach Clementine’, Tantau, 2002
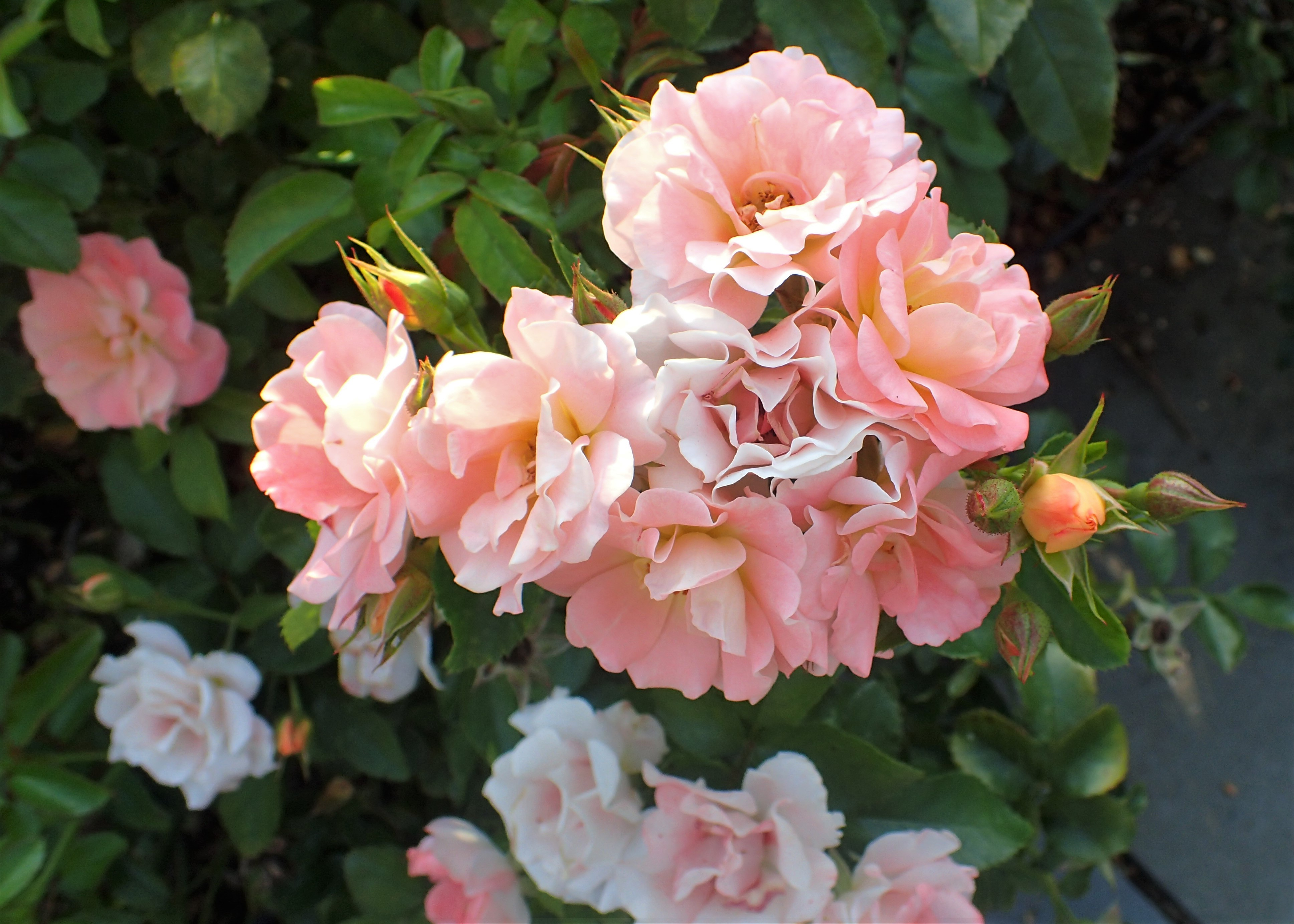
‘Peach Drift’, Meilland, vor 2006
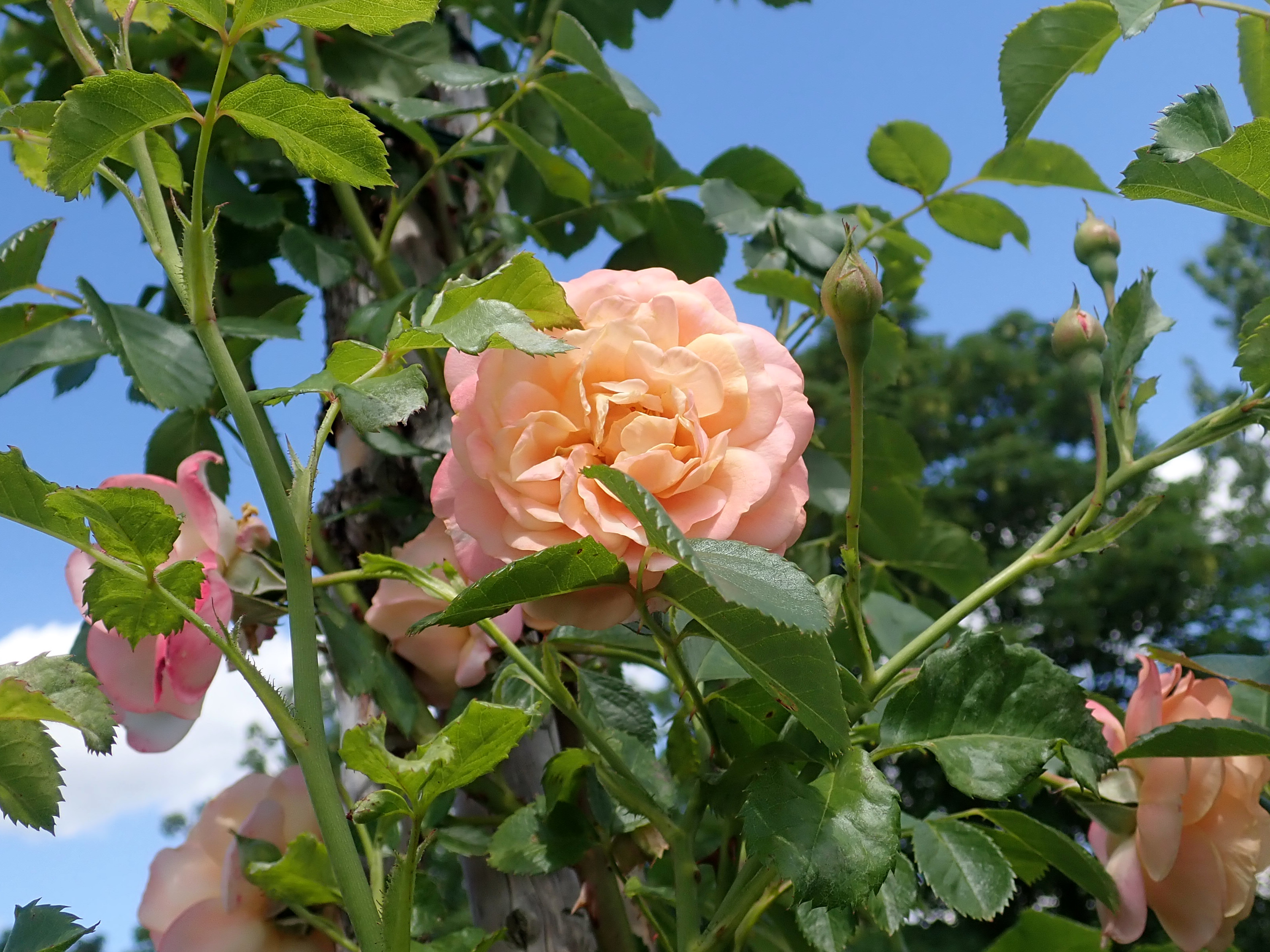
‘Peach Melba’, Kordes, 2003/2018
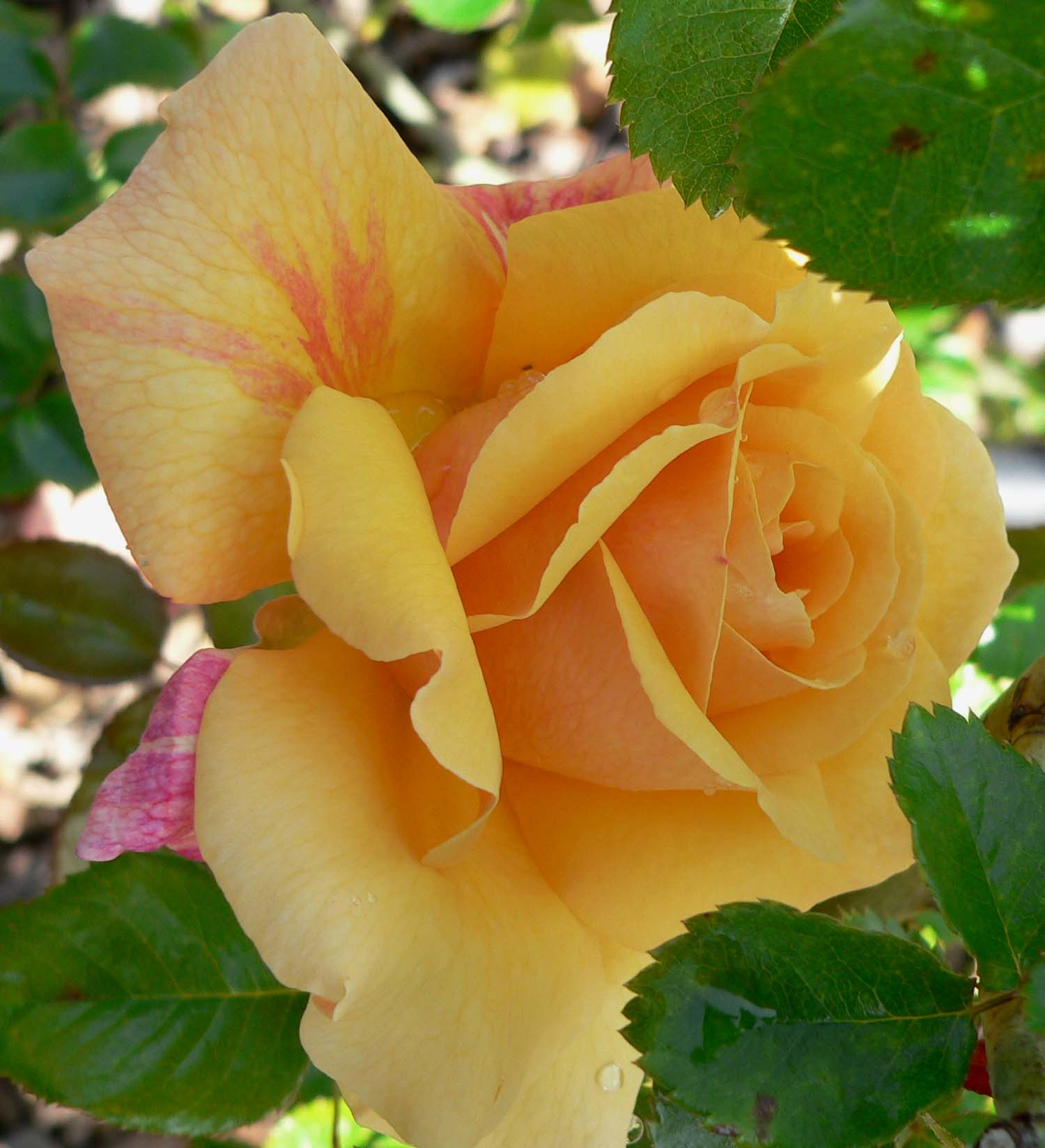
‘Peachy’, Samuel Darragh McGredy IV, 1984
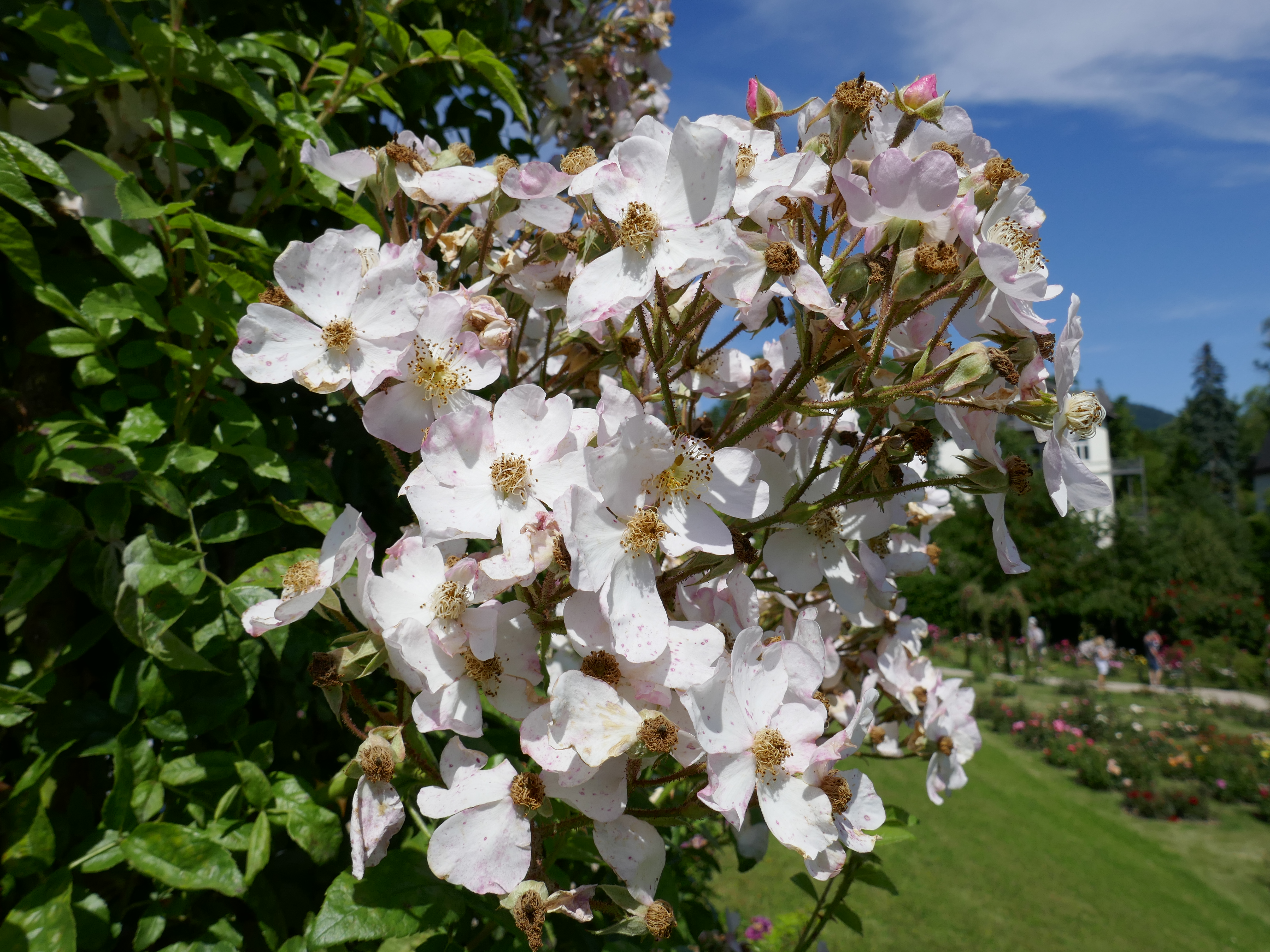
‘Pearl’, Turner, 1915
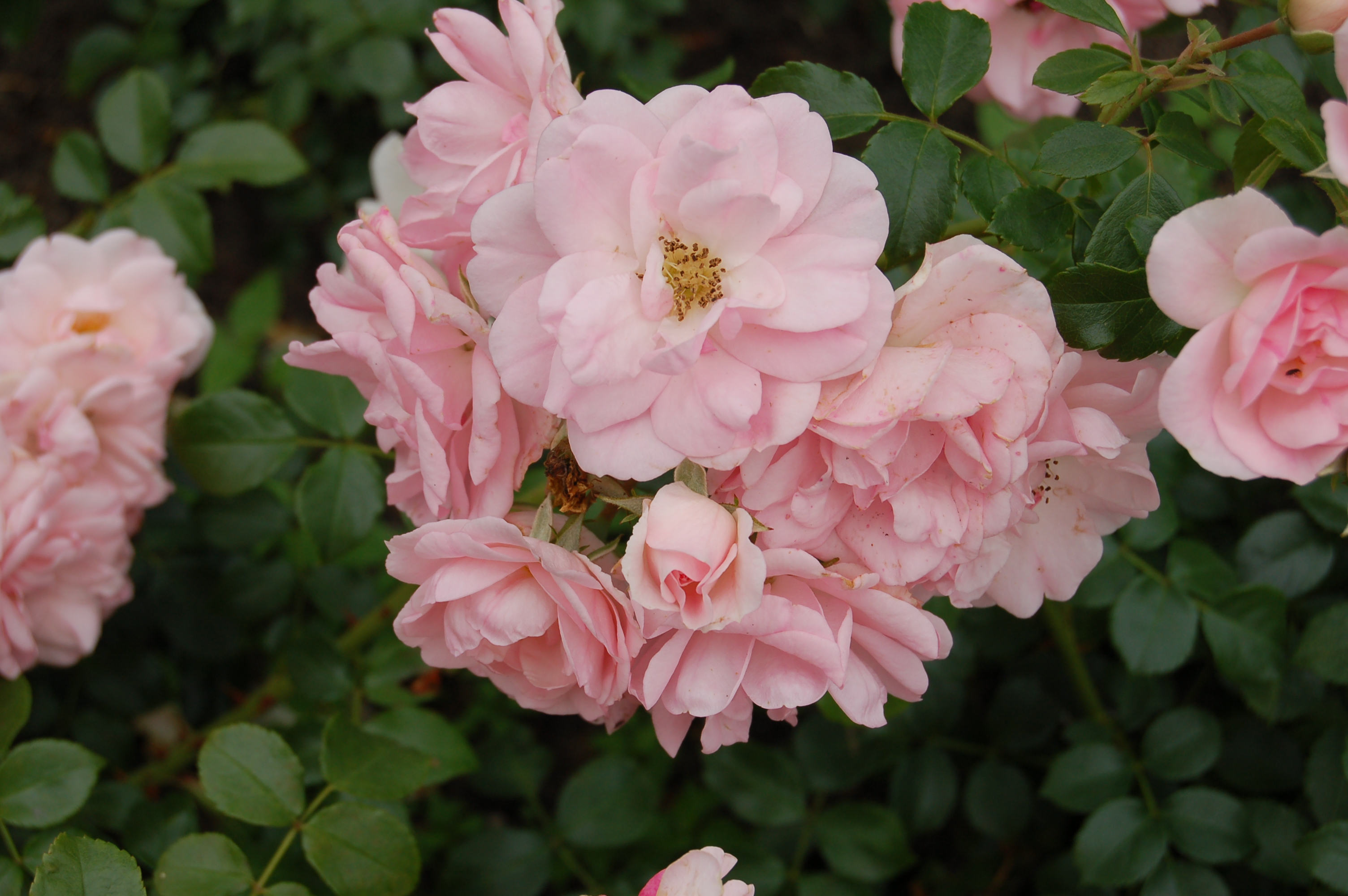
‘Pearl Mirato’, Tantau, 2002
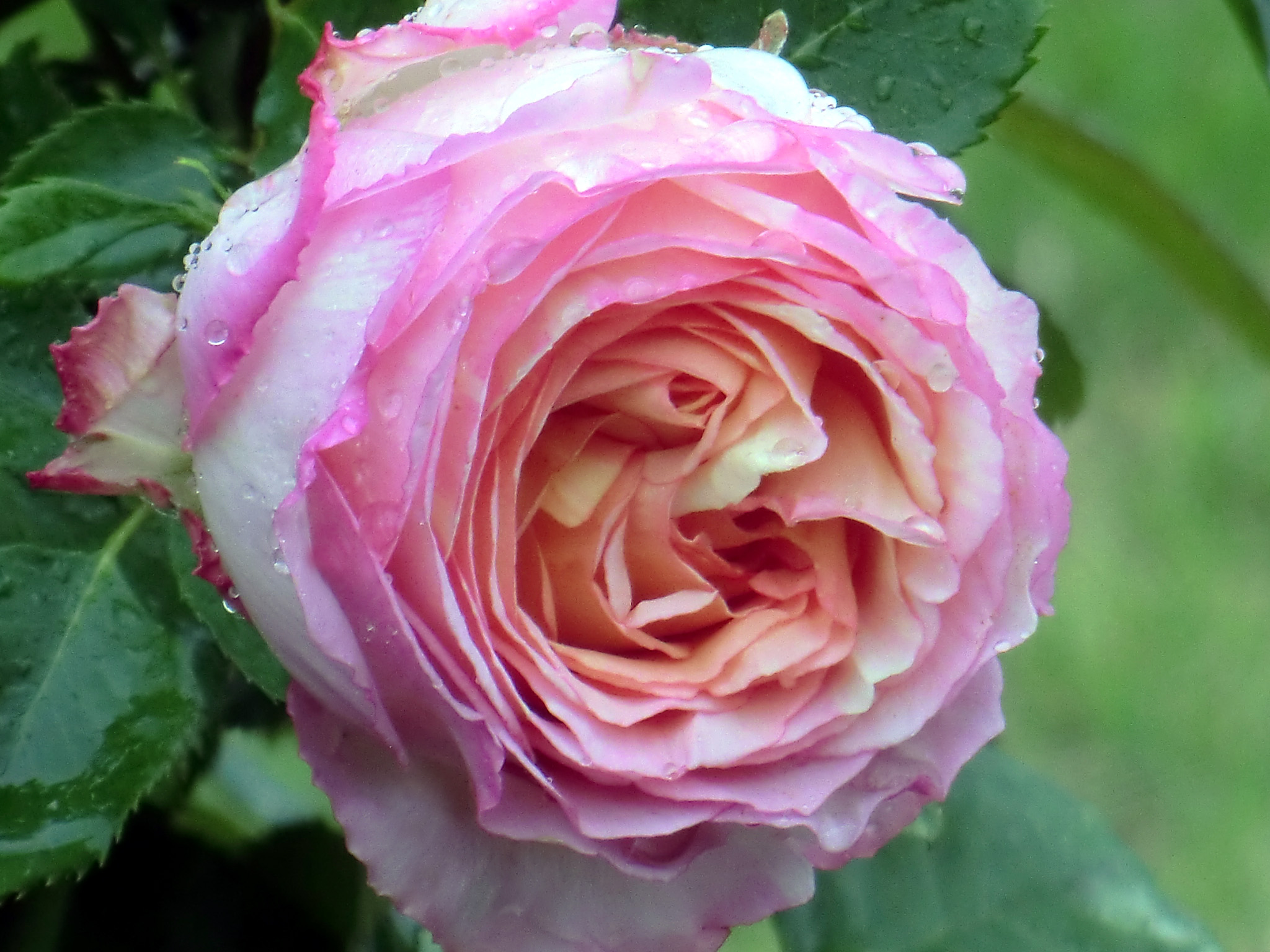
‘Pêche Bonbons’, Delbard, 2009
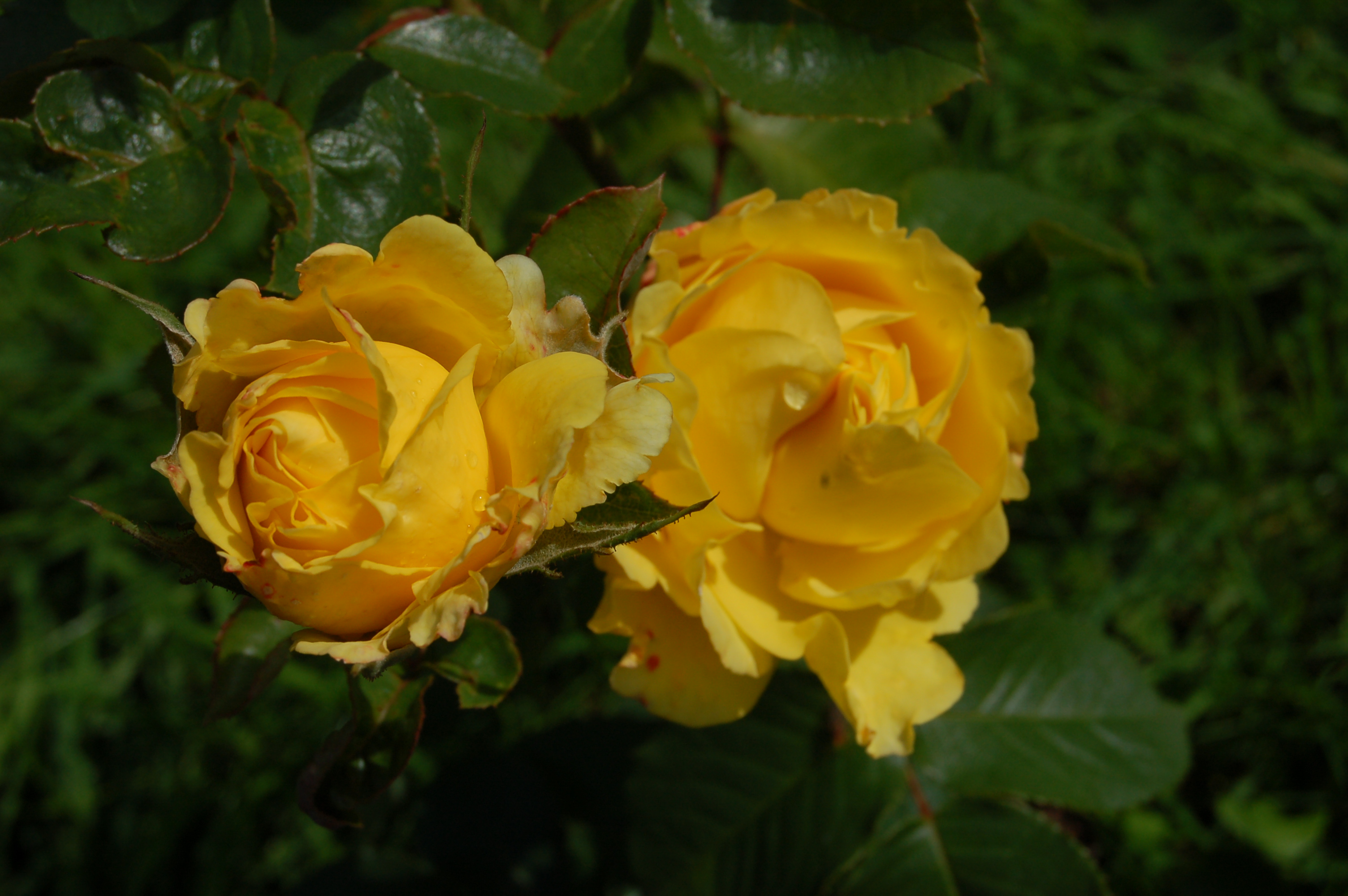
‘Peer Gynt’, Kordes, 1968
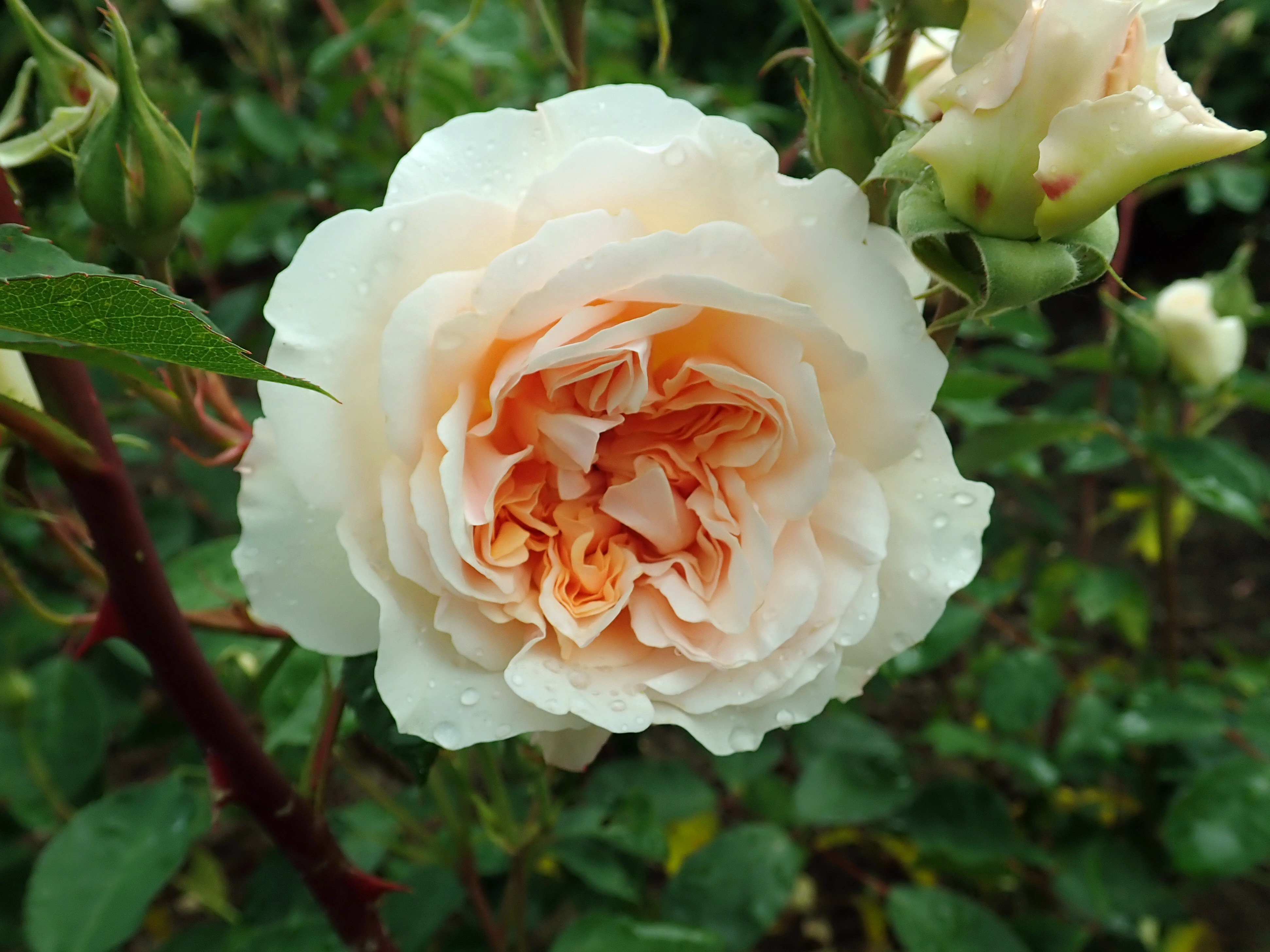
‘Pegasus’, David Austin, 1995
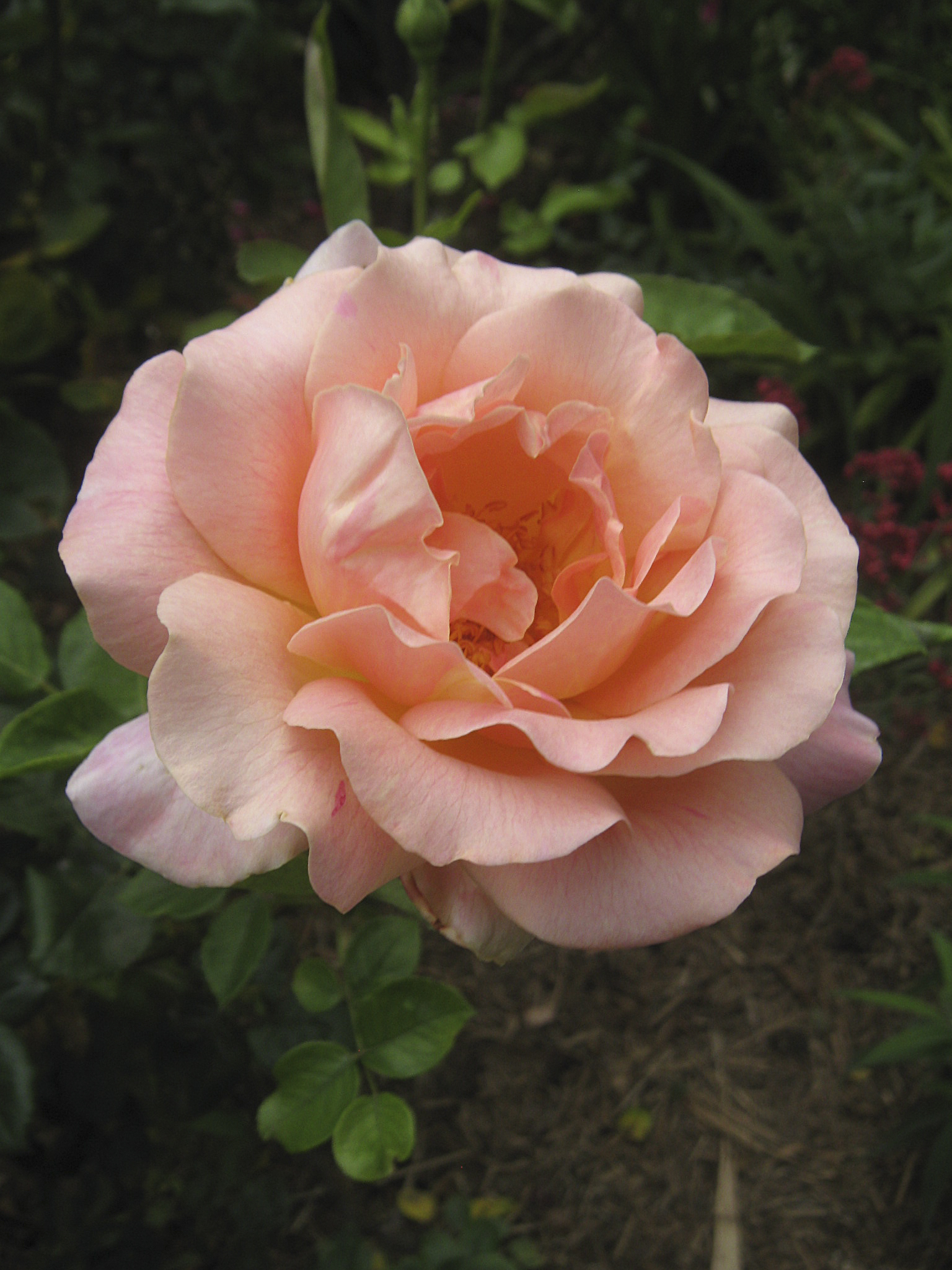
‘Peggy Bell’, Alister Clark, 1928
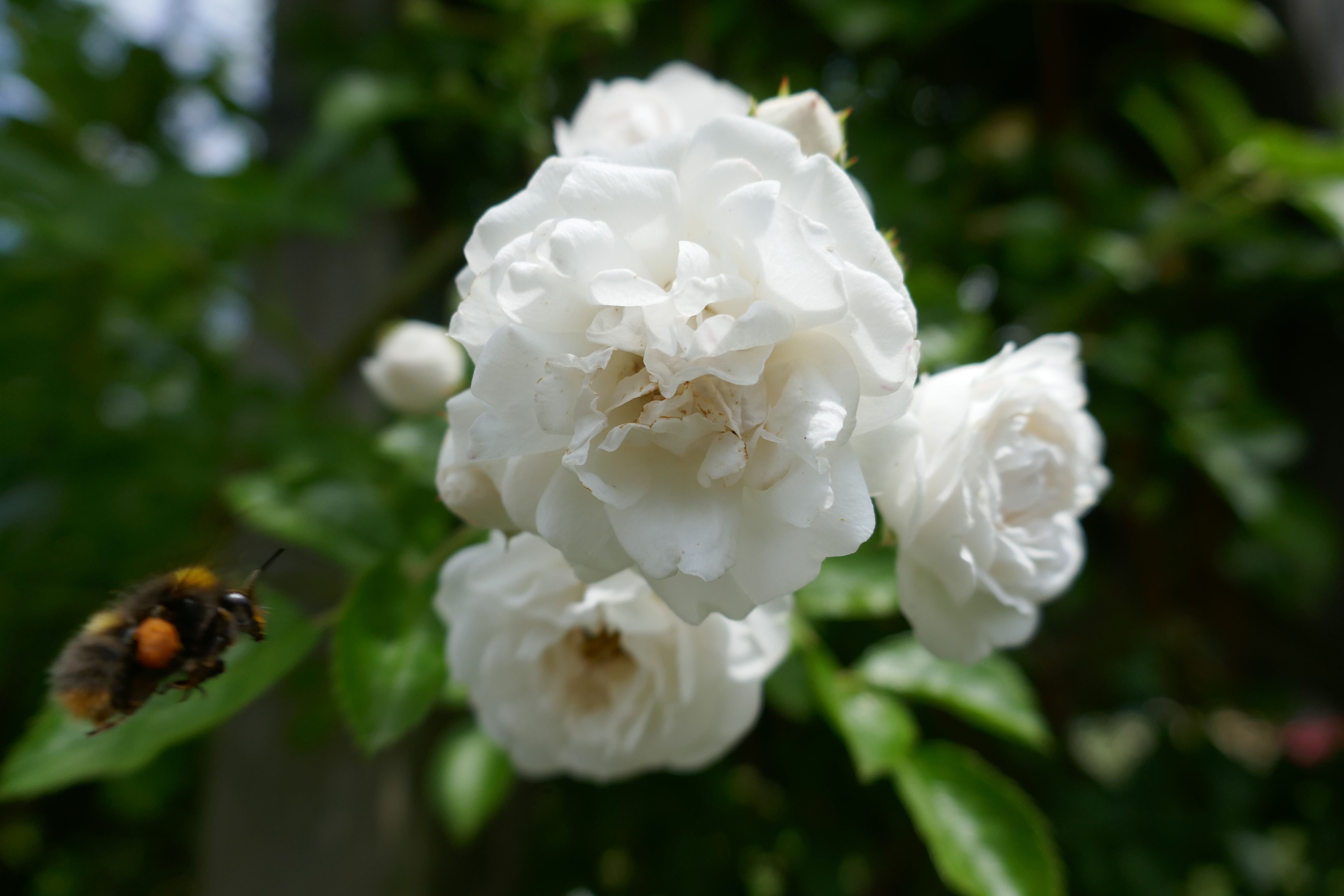
‘Pemberton’s White Rambler’, Pemberton, 1914
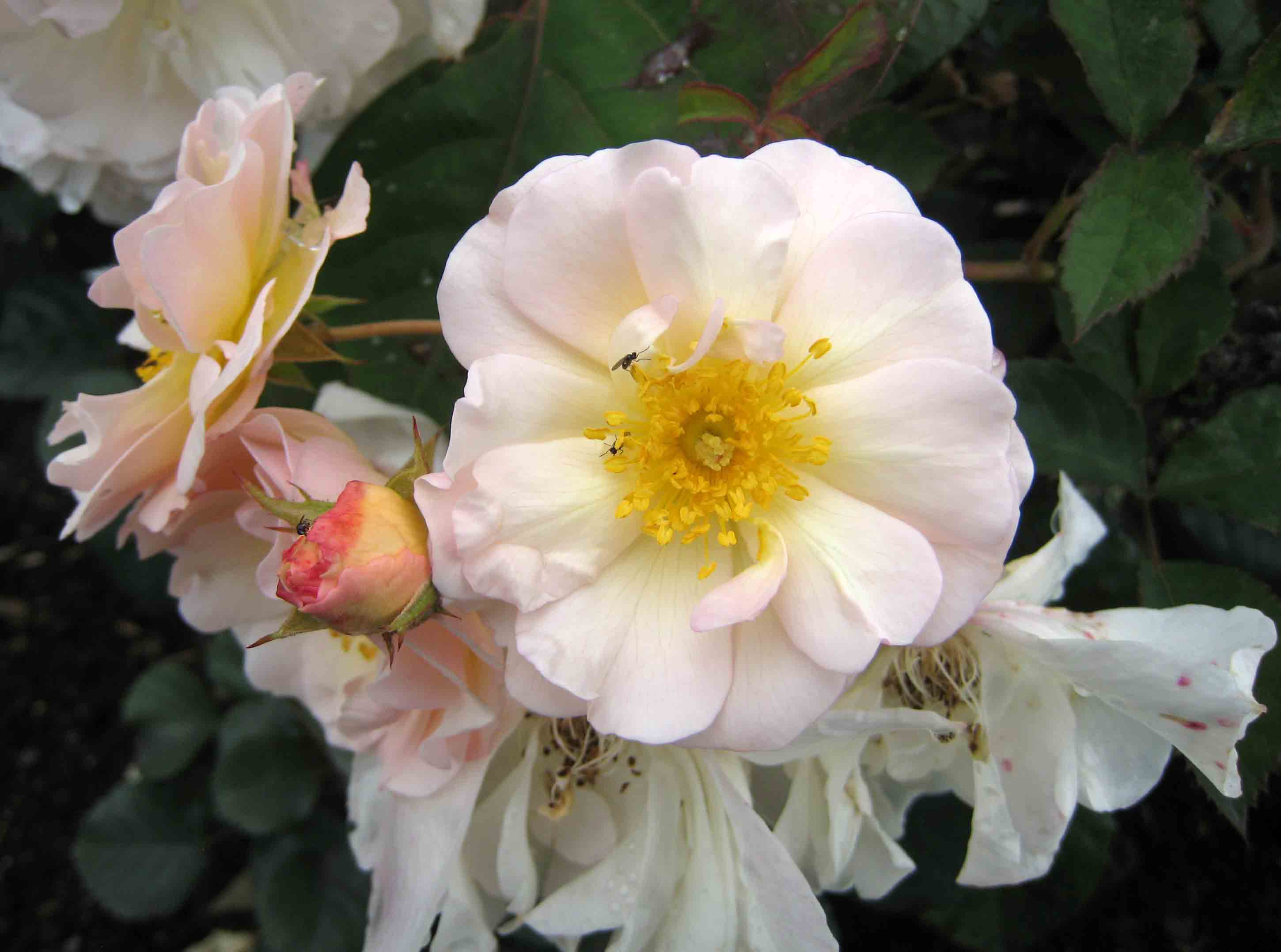
‘Penelope’, Pemberton, 1924
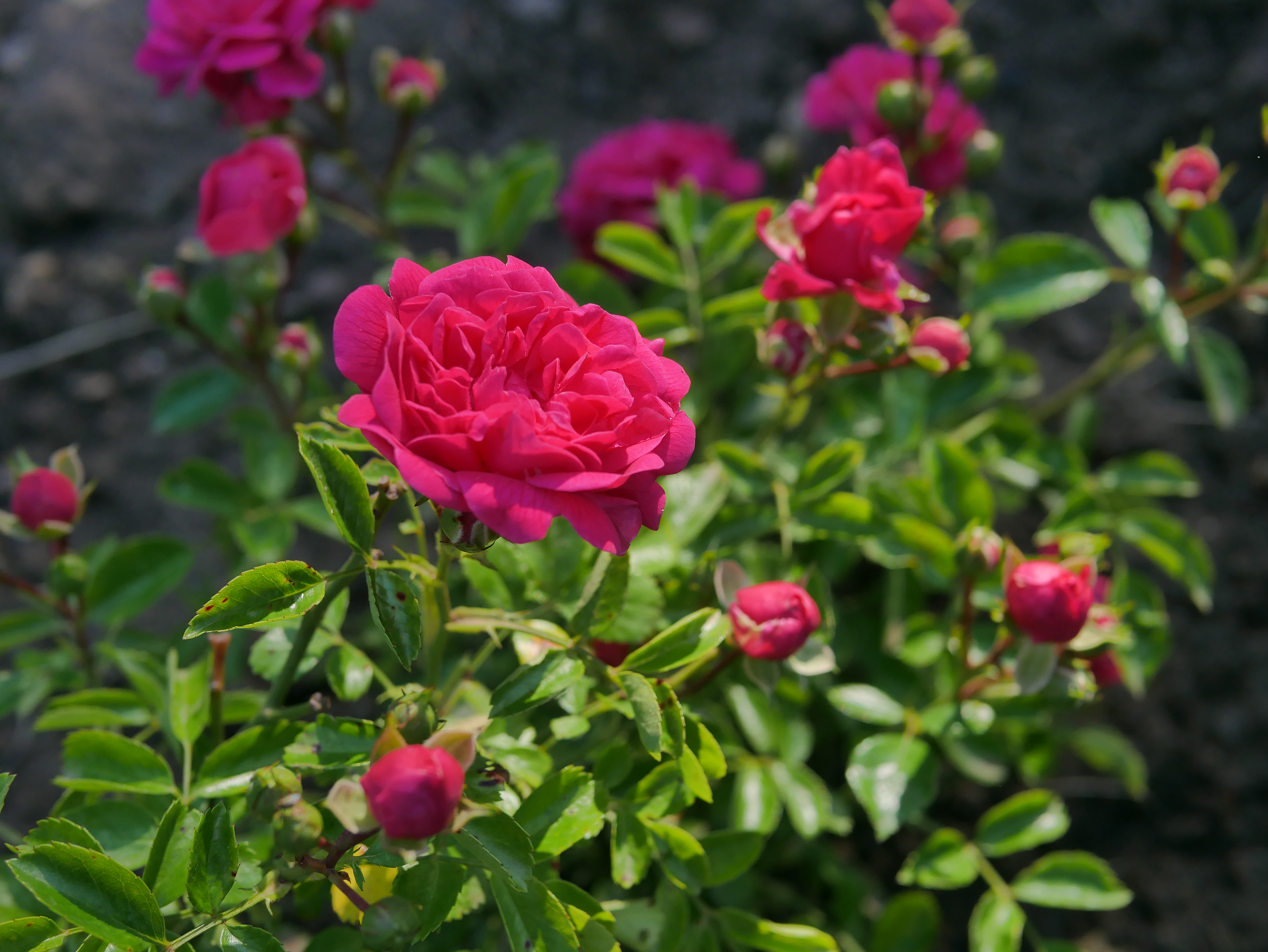
Pepita Lilliput, Kordes, 2004
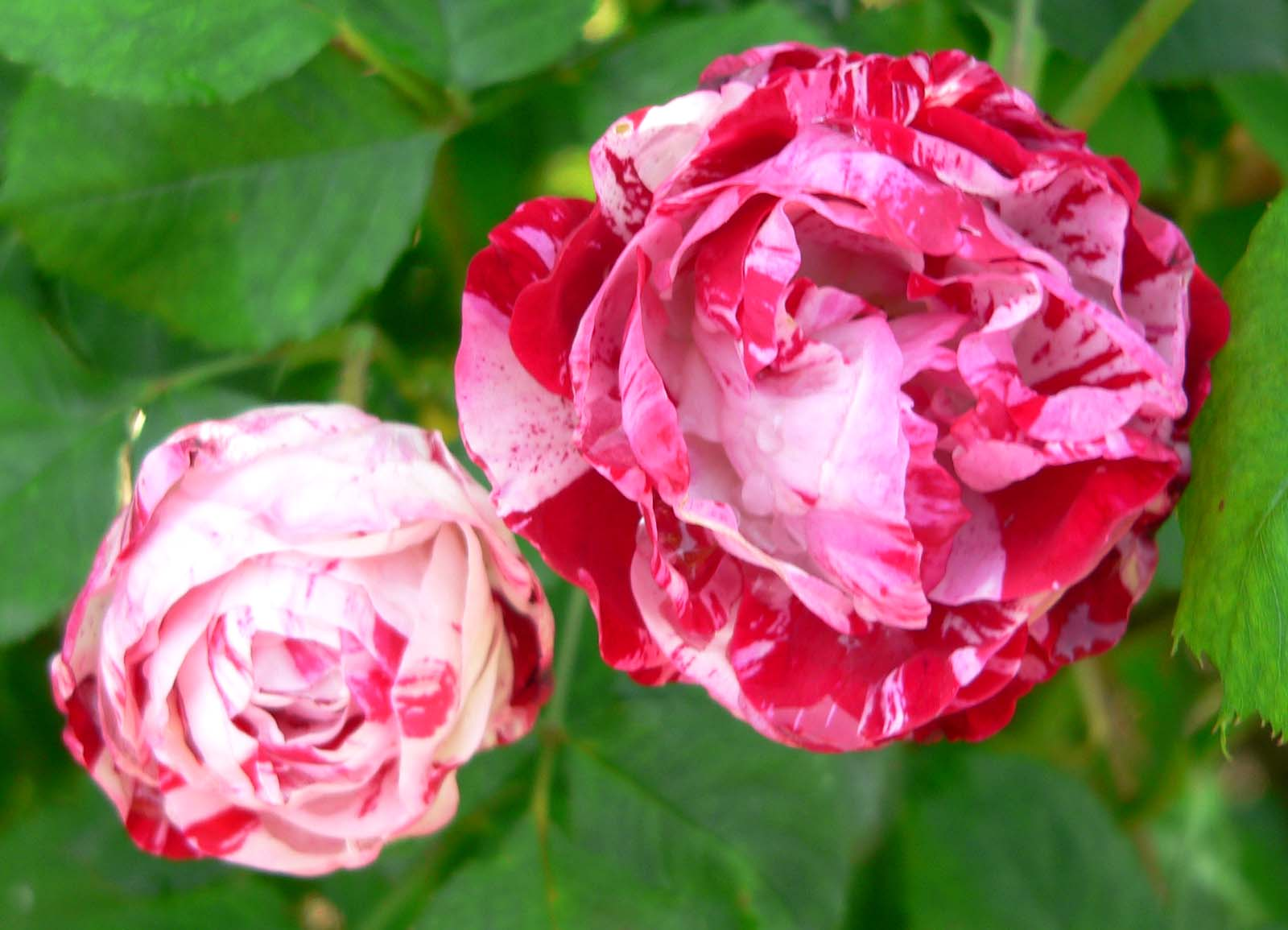
‘Peppermint Twist’, Jack E. Christensen, vor 1988
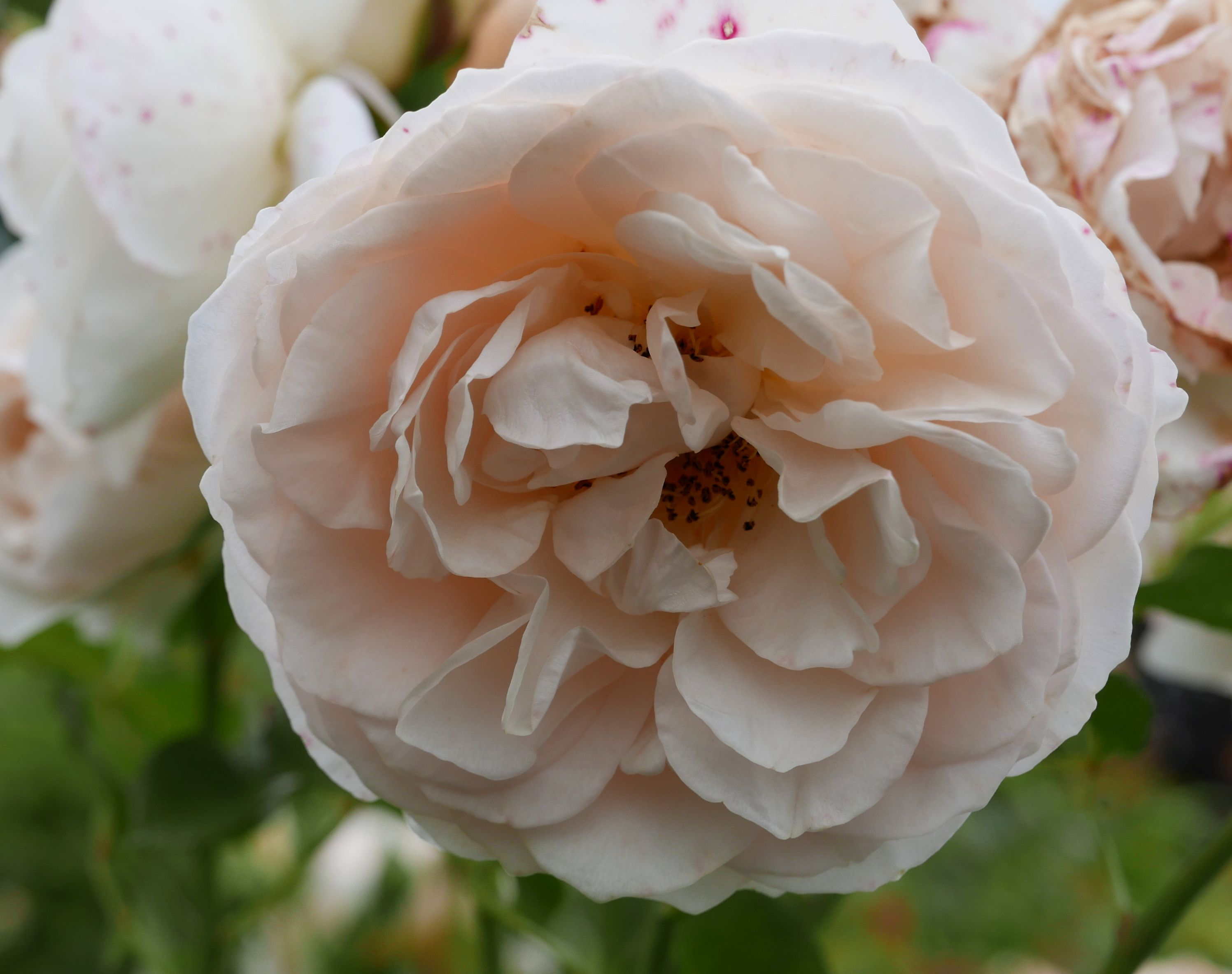
‘Perdita’, Austin, 1982
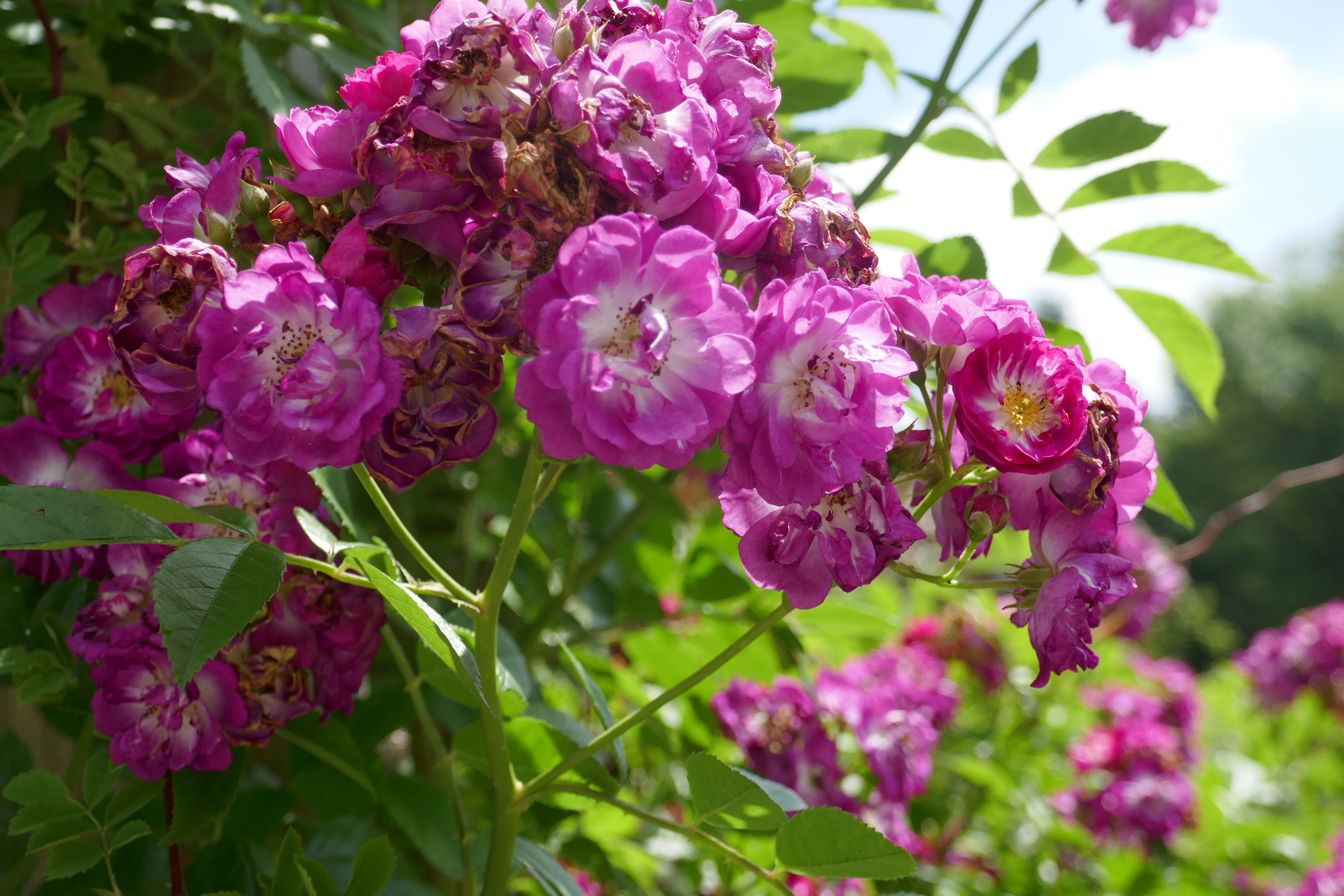
‘Perennial Blue’, Mehring, 2003
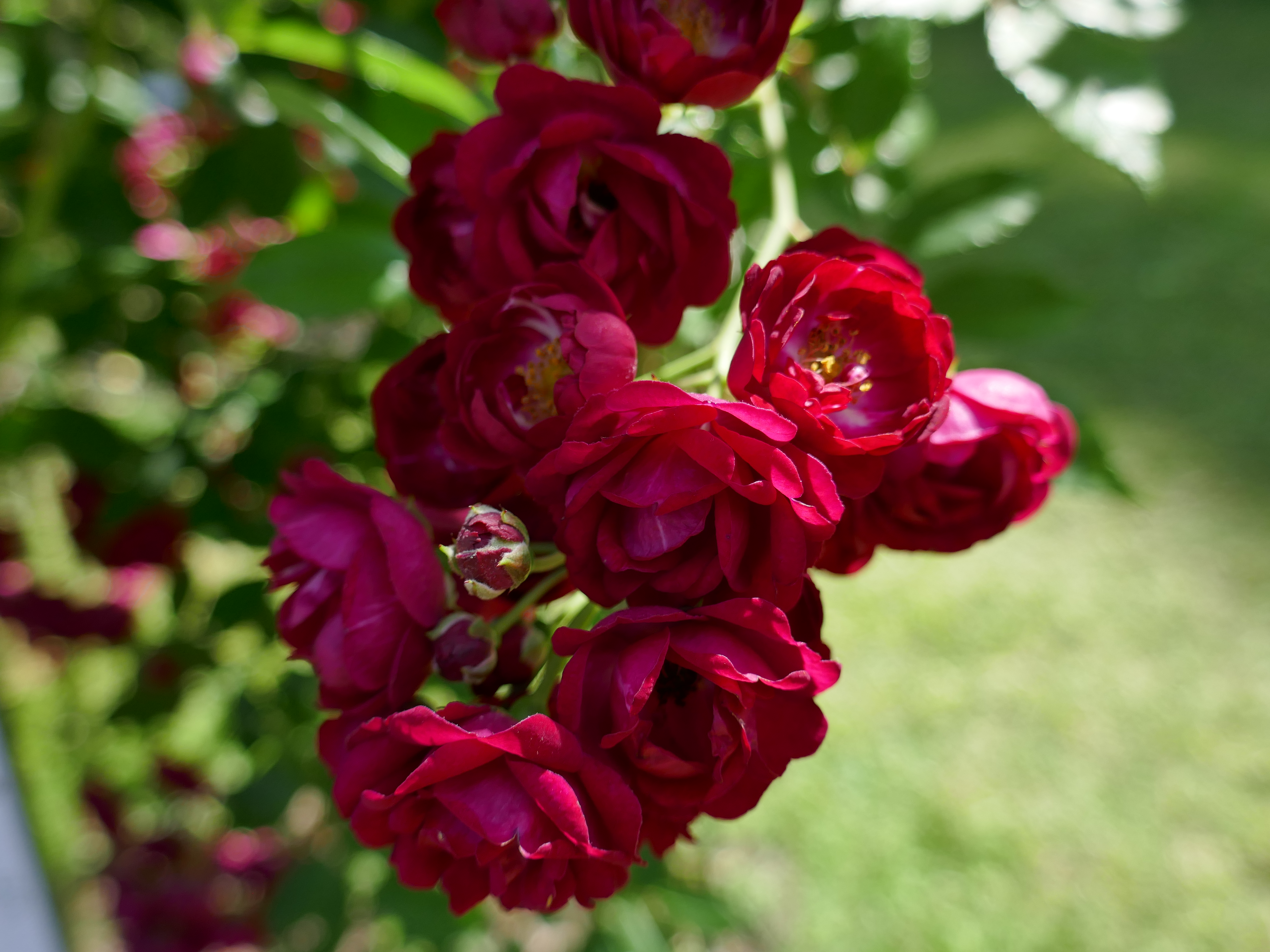
‘Perennial Red Domino’, Tantau, 2020
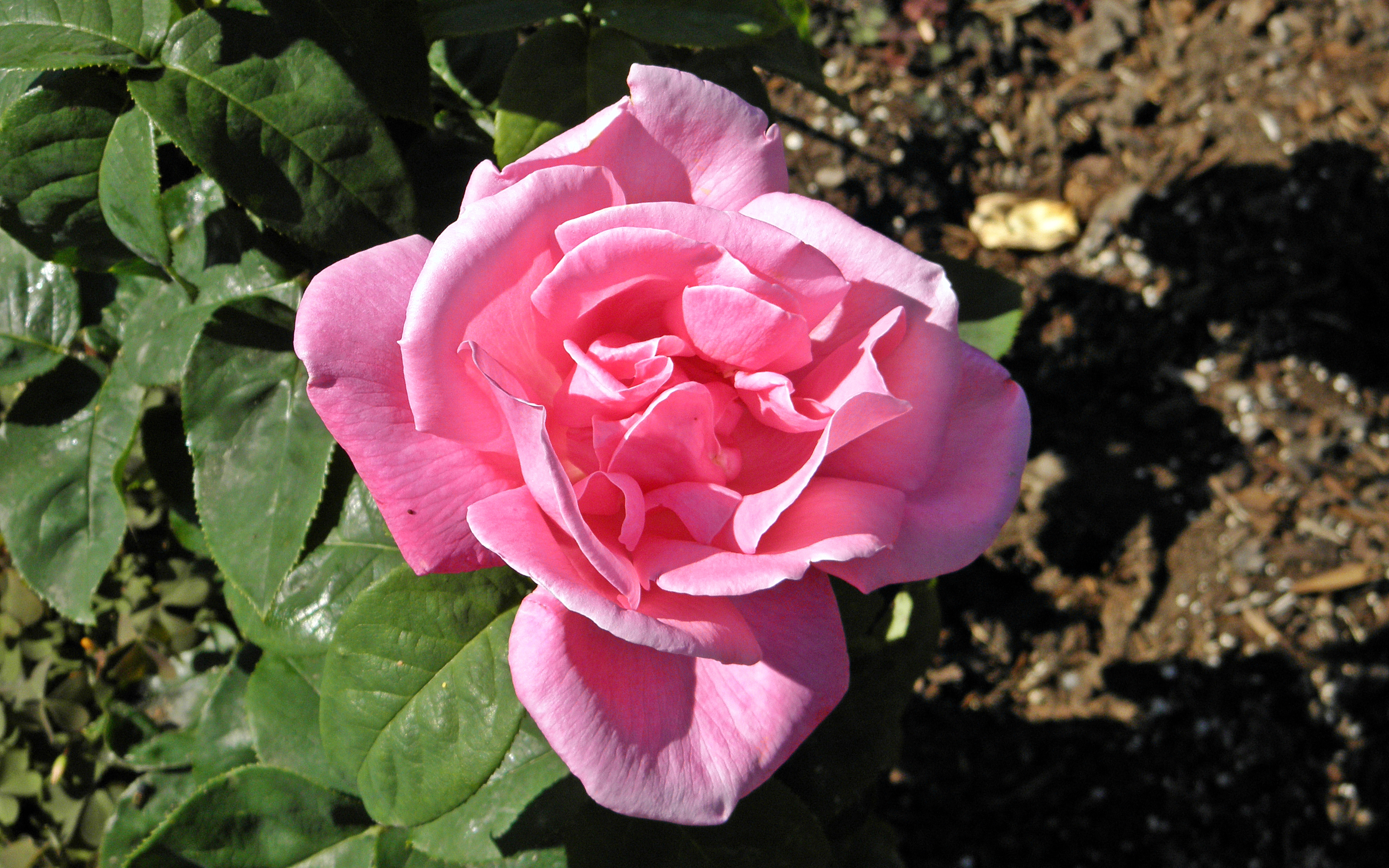
‘Perfume Delight’, Swim & Weeks, 1973
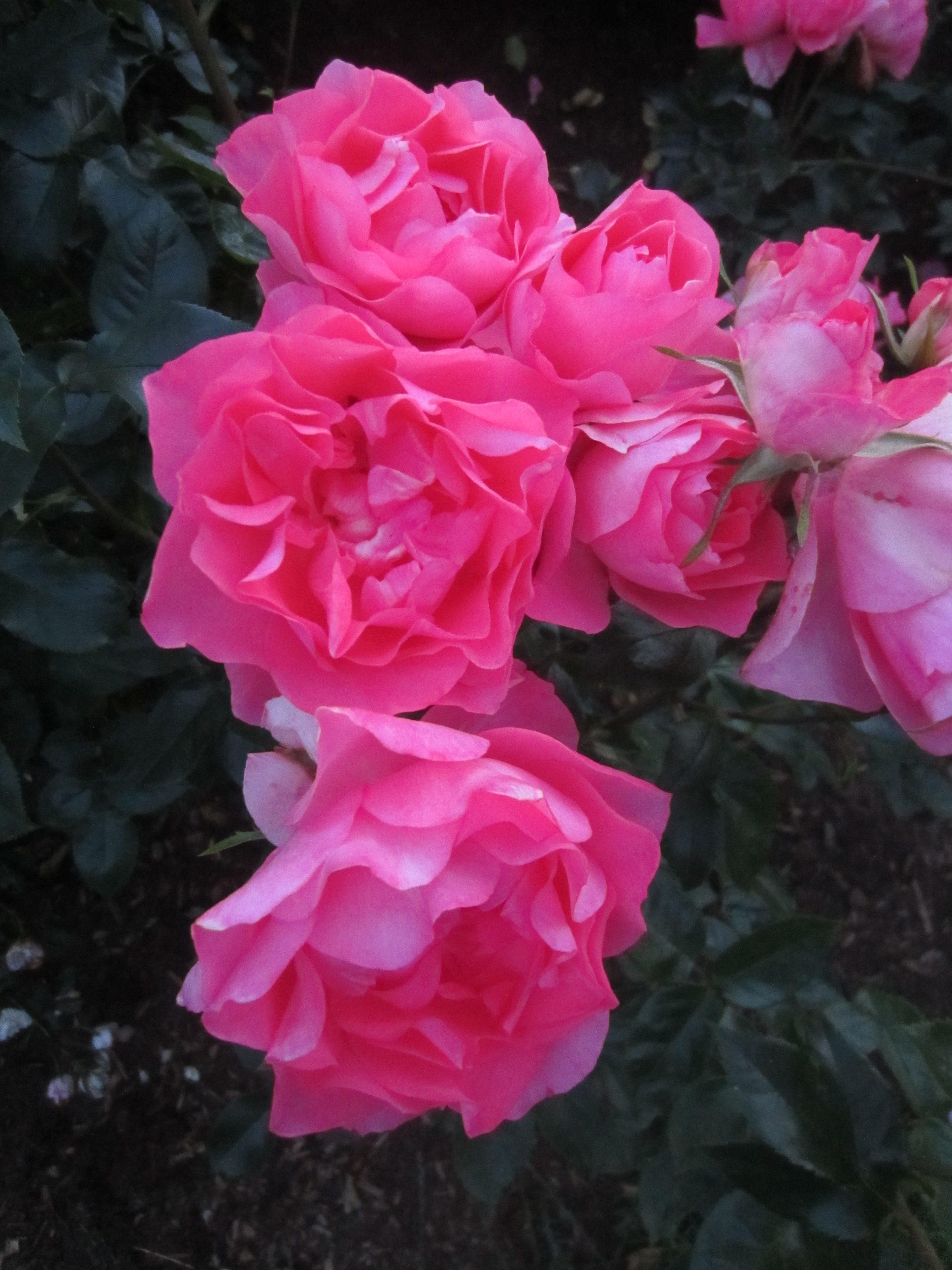
‘Perfume Passion’, unbekannt
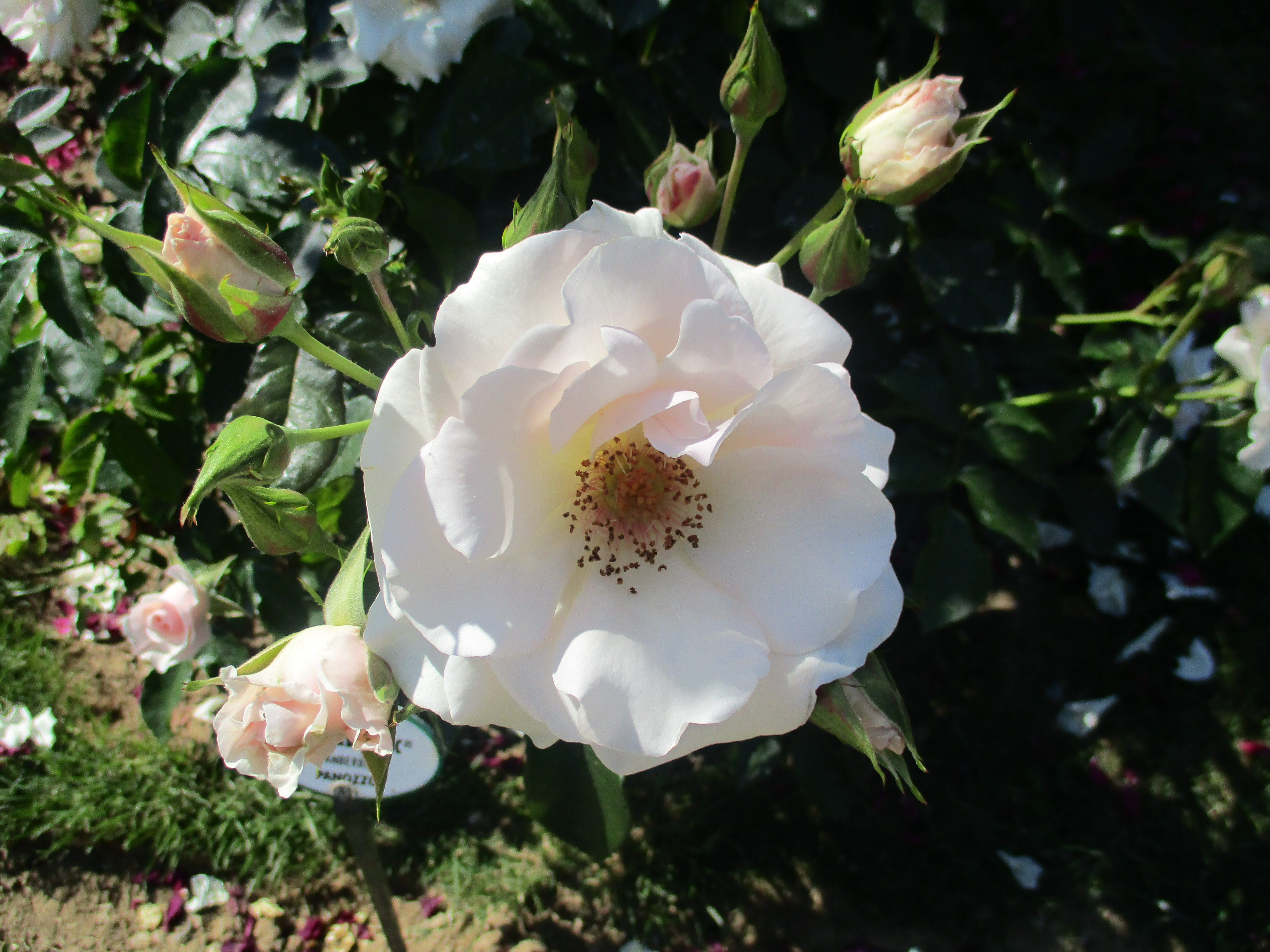
‘Périgord Blanc’, Panozzo, 2000
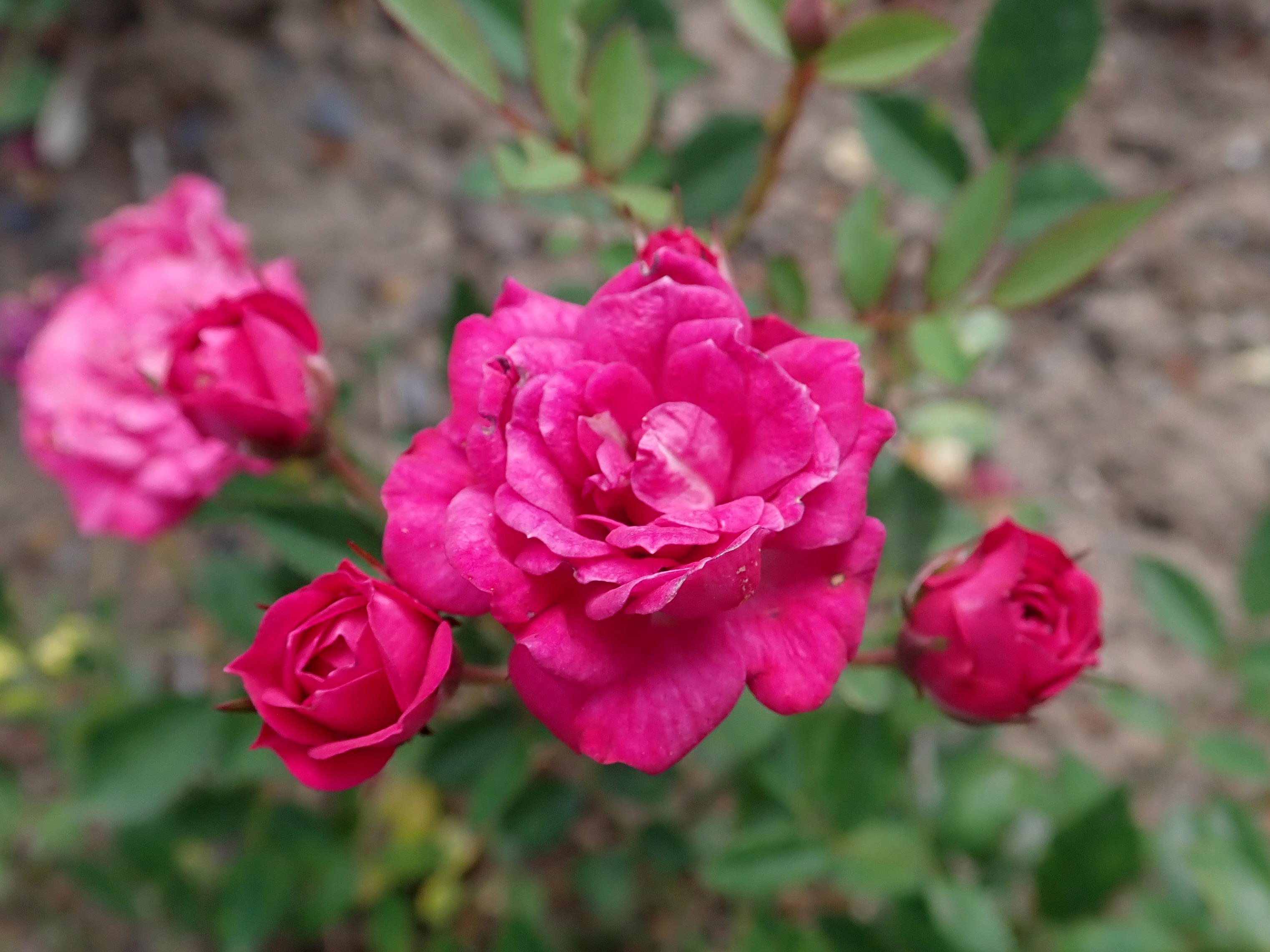
‘Perla de Alcanada’, Pedro Dot, 1944
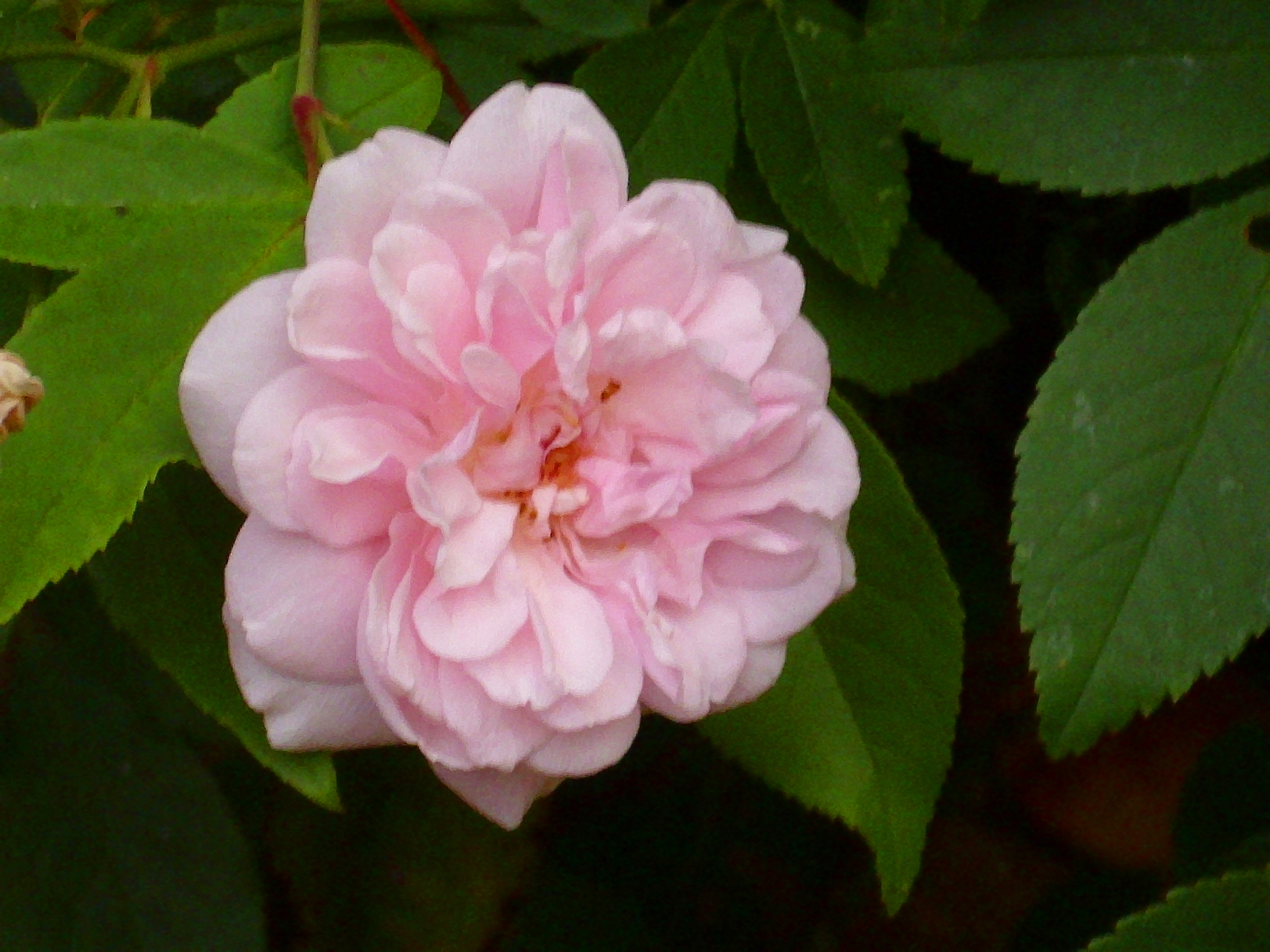
‘Perla de Montserrat’, Pedro Dot, vor 1945
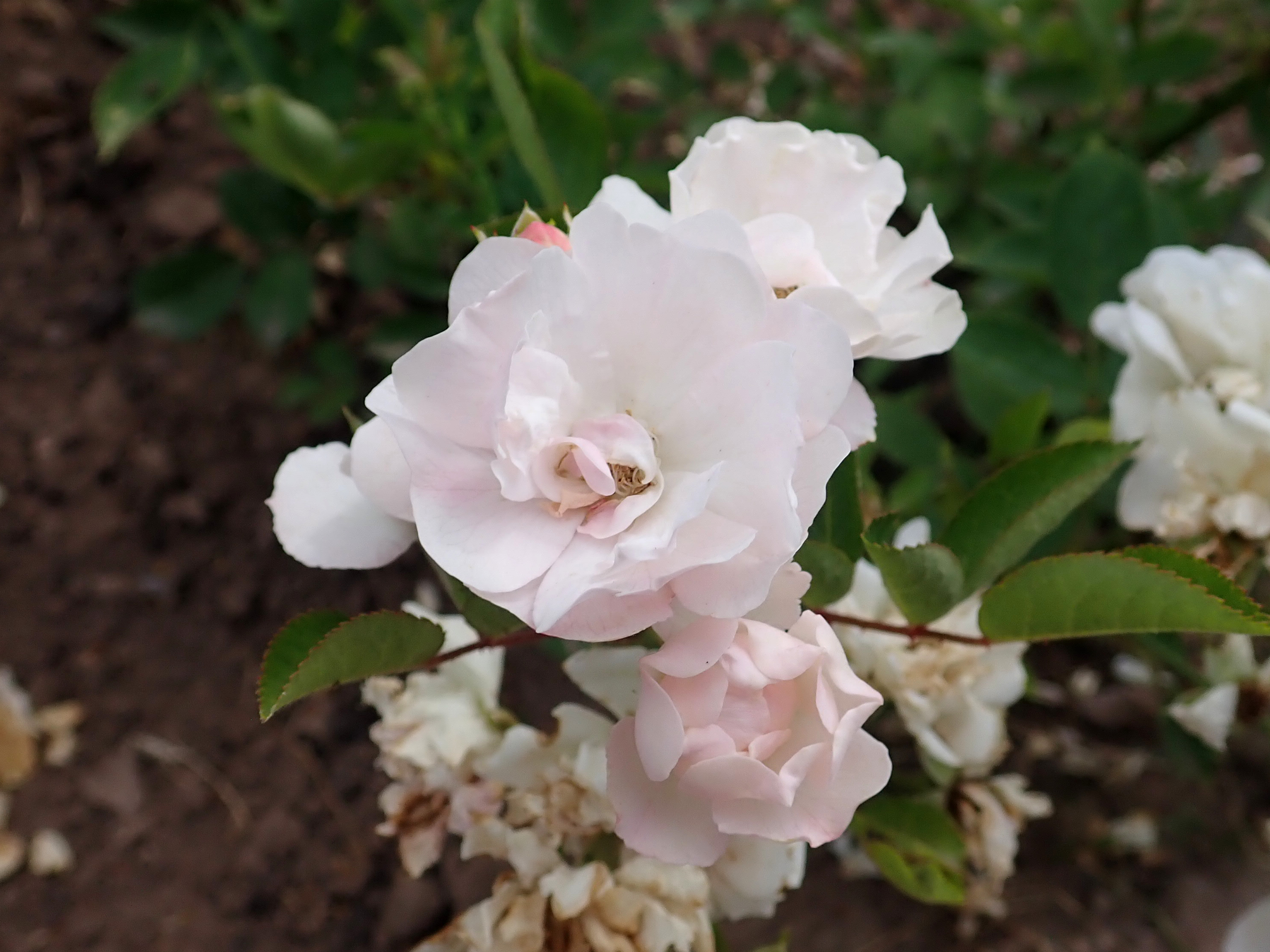
‘Perle Angevine’, Délépine, 1920
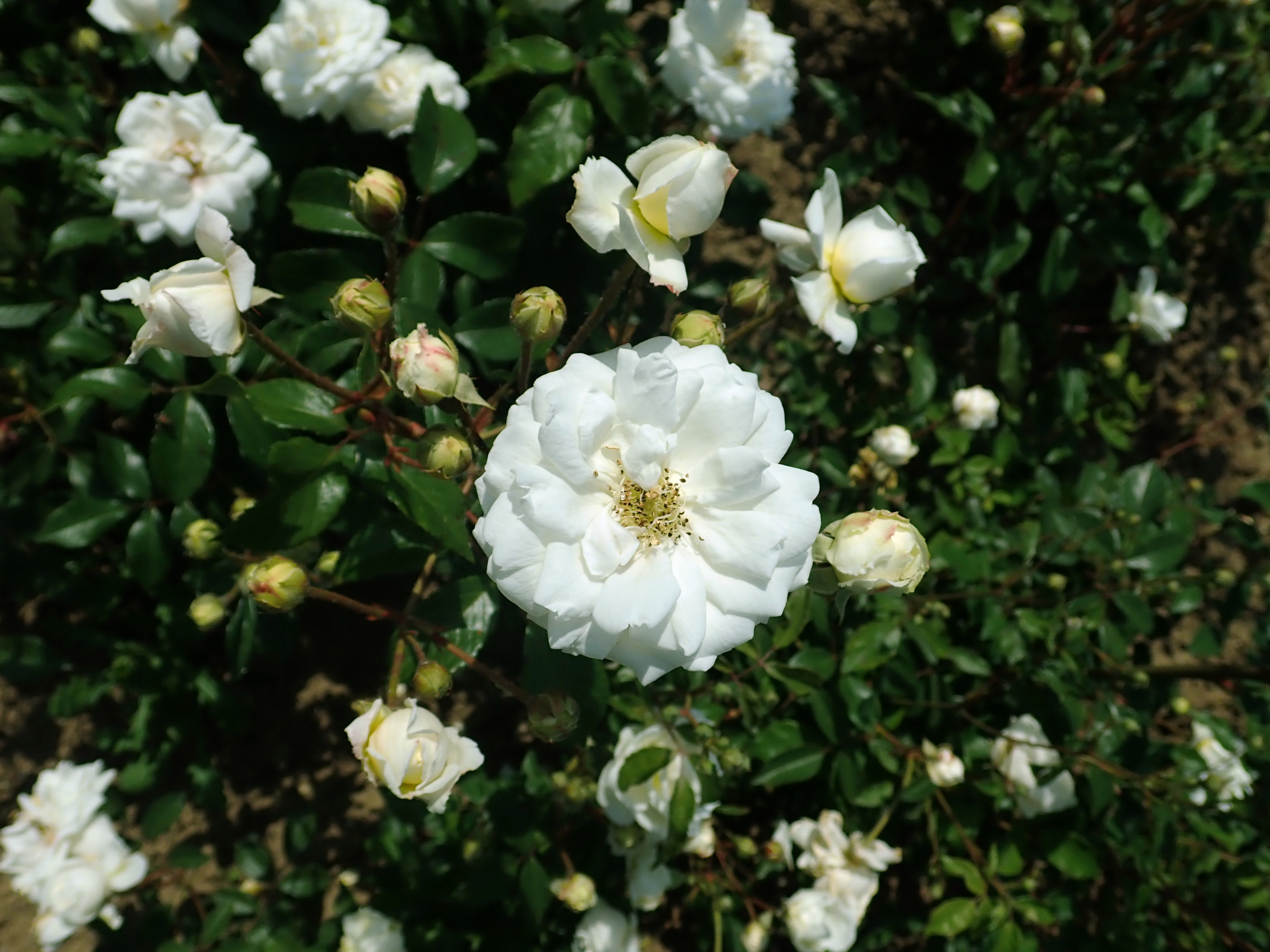
‘Perle des Neiges’, Francis Dubreuil, 1902
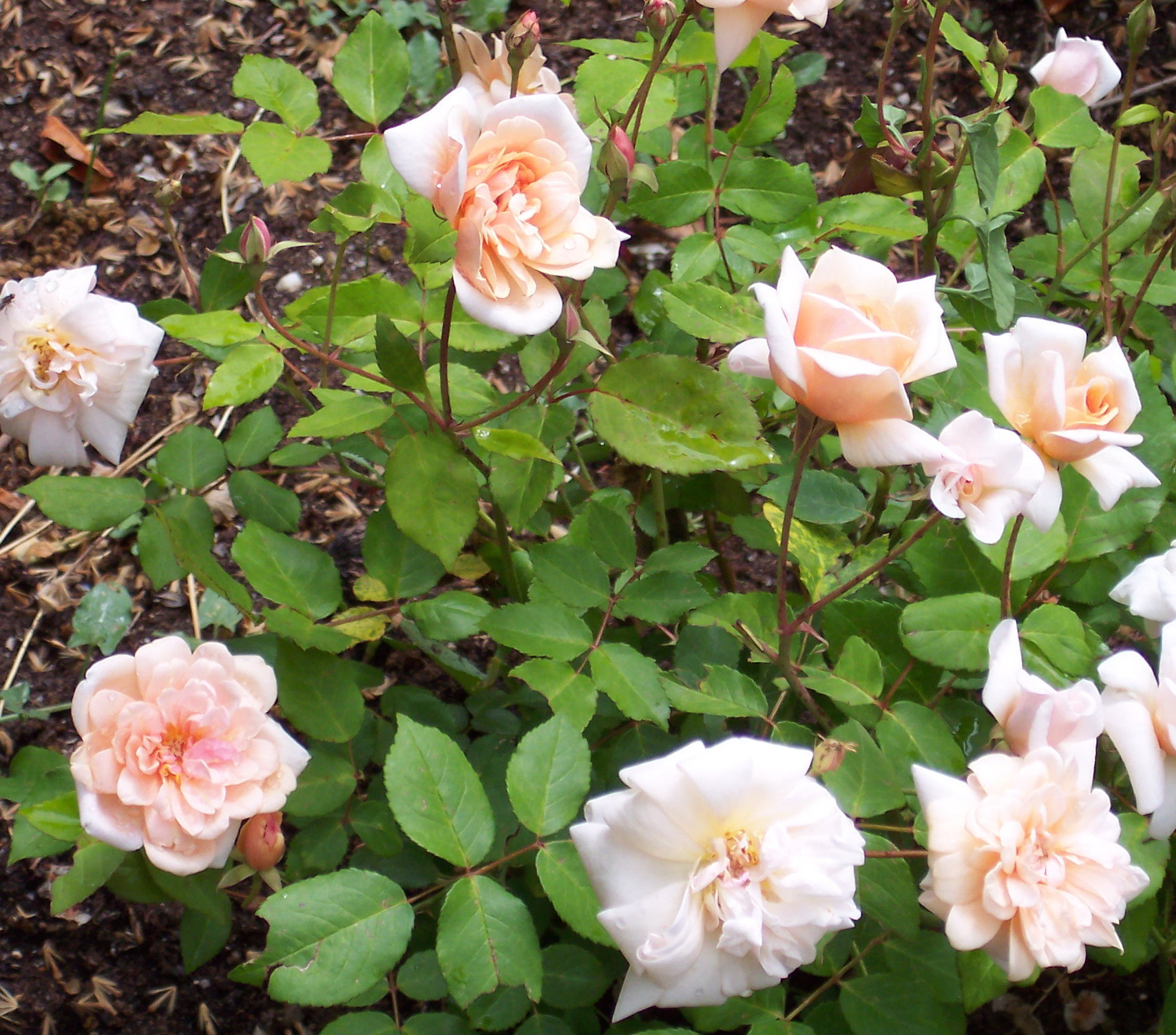
‘Perle d’Or’, Joseph Rambaux/Francis Dubreuil, 1875/1883
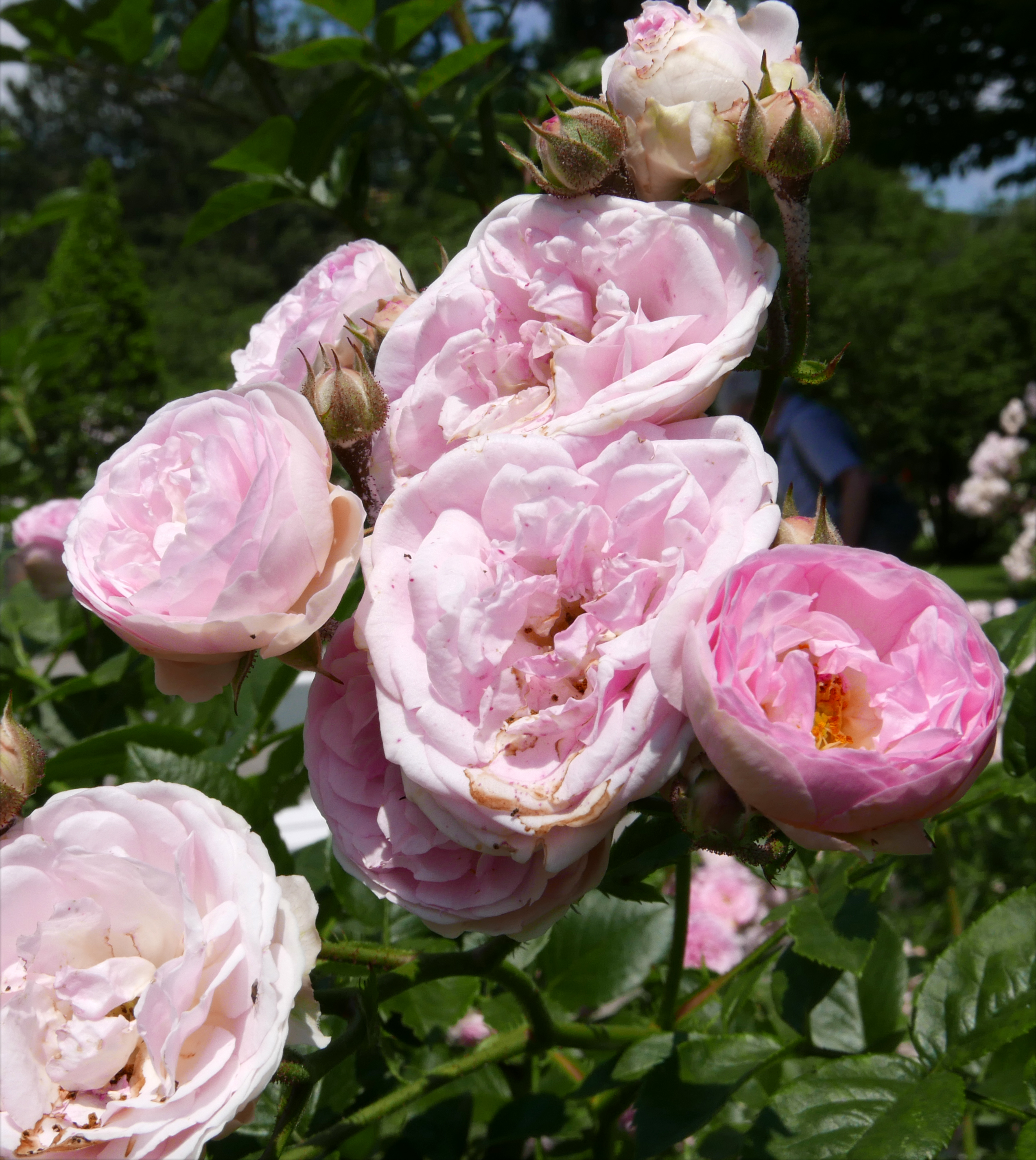
‘Perle vom Wienerwald’, Praskac, 1913
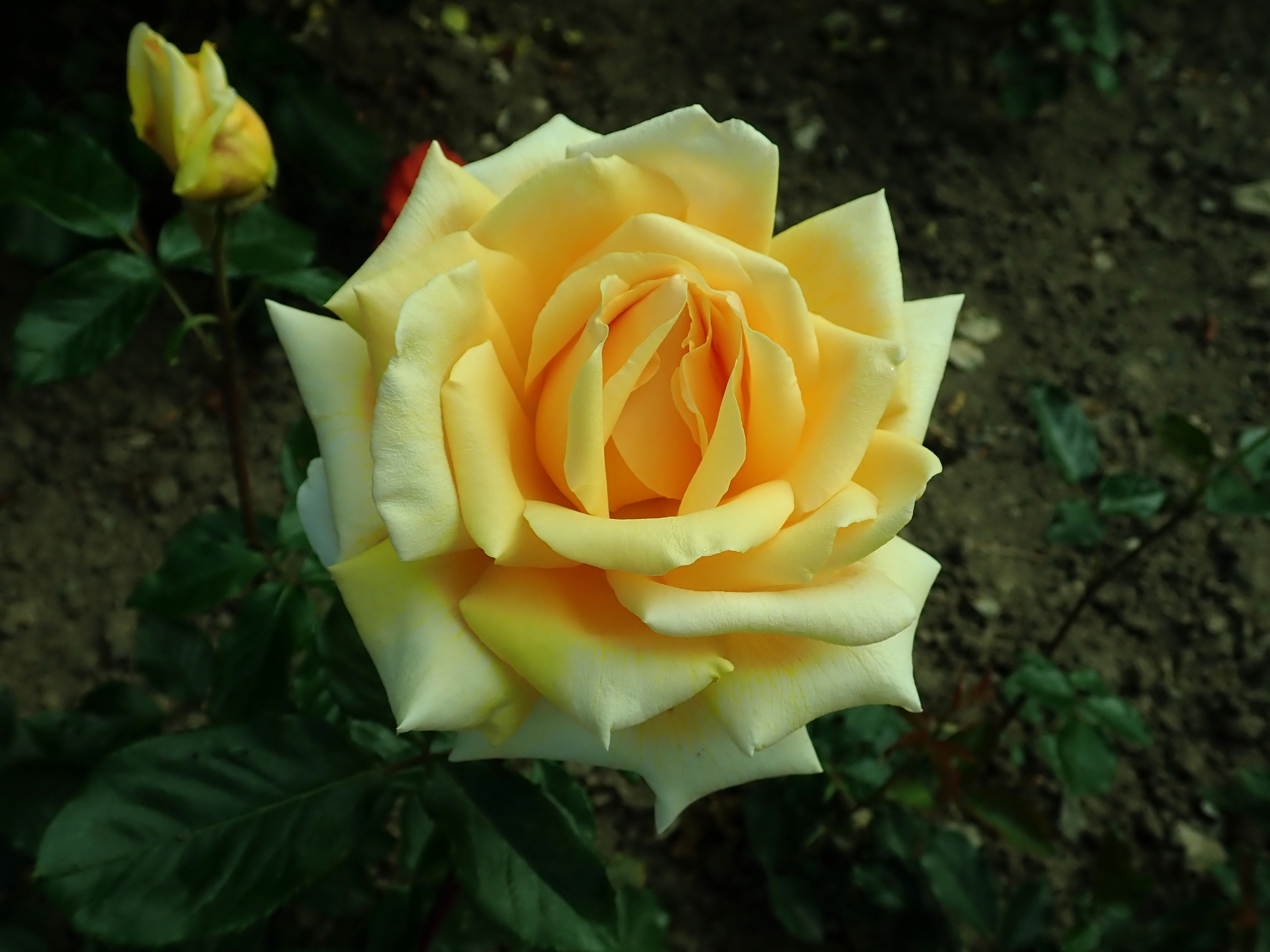
‘Persepolis’, Michel Kriloff, 1971
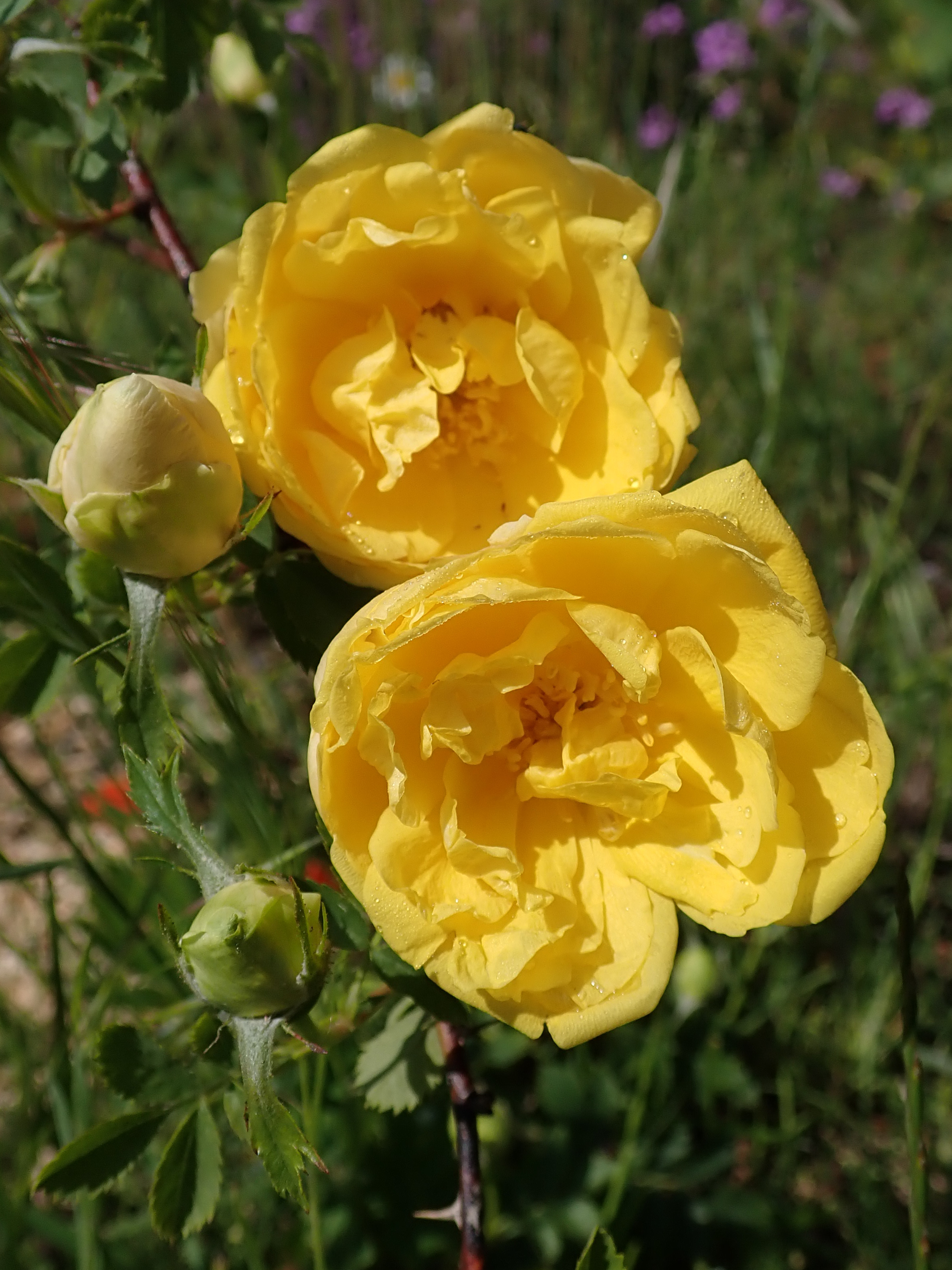
‘Persiana’ (oder ‘Persian Yellow’), Rosa foetida, vor 1837
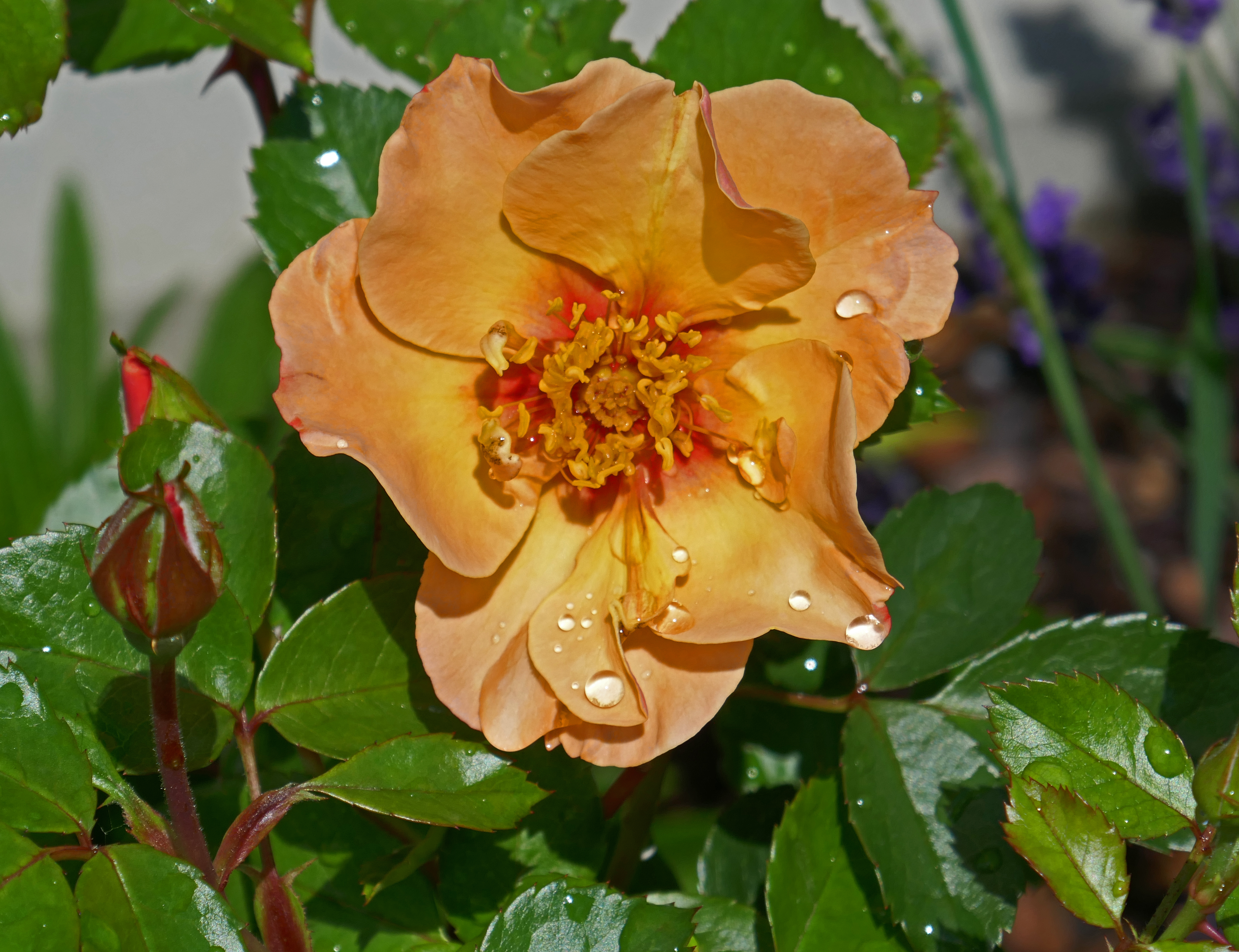
‘Persian Sun’, Vissers, 2010
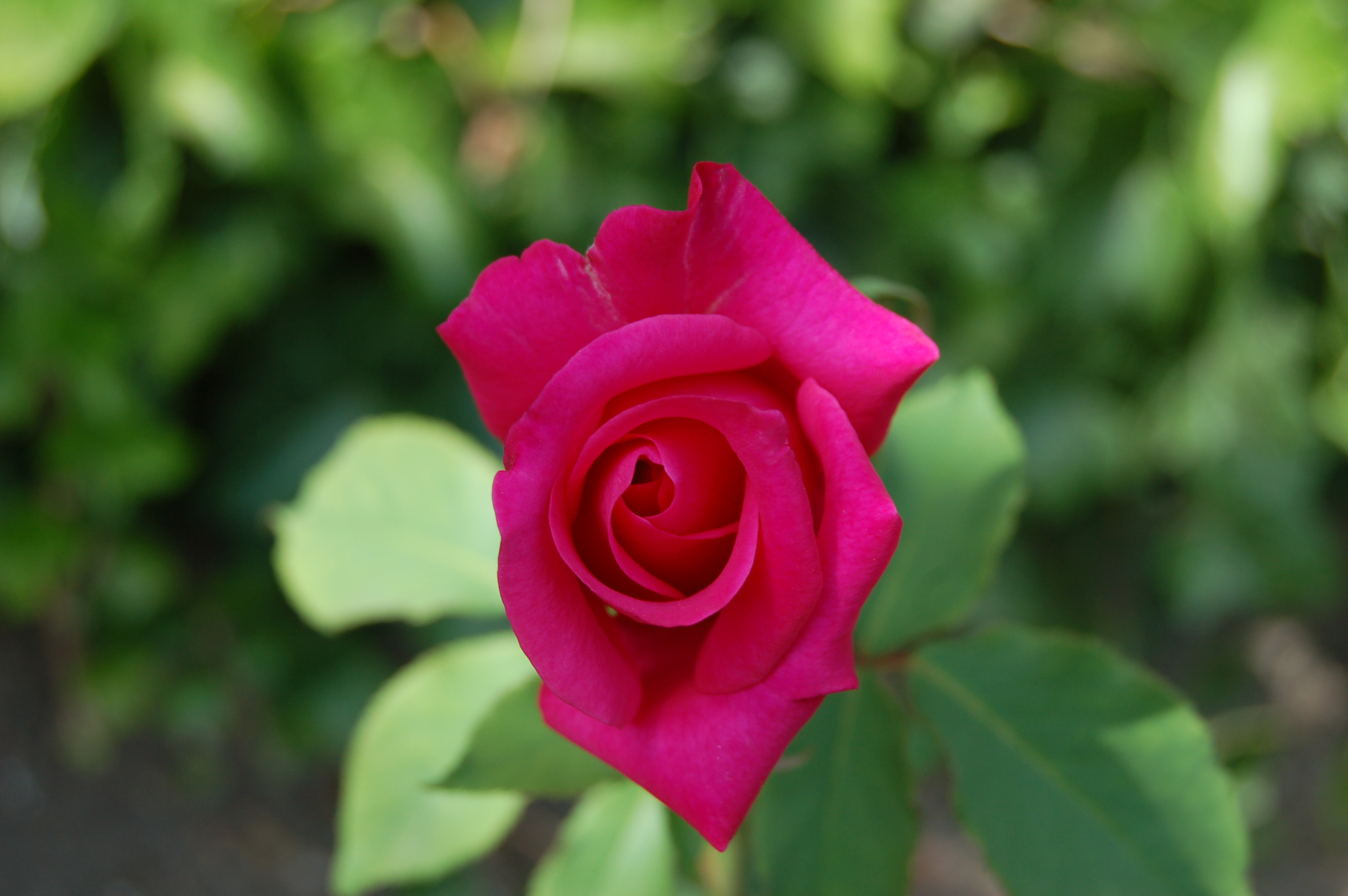
‘Peter Frankenfeld’, Kordes, 1966
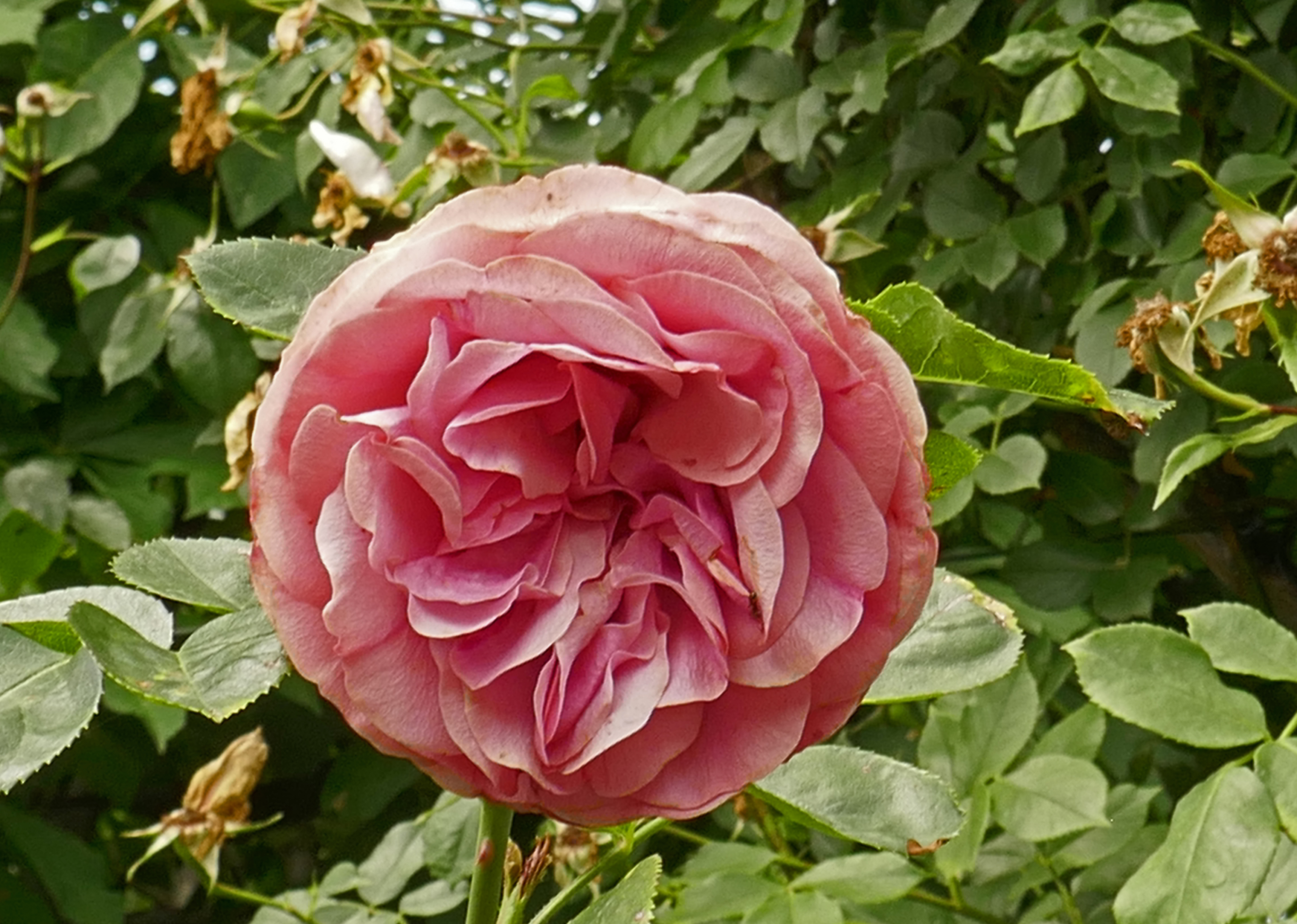
‘Peter Paul Rubens’, Vissers, 2002
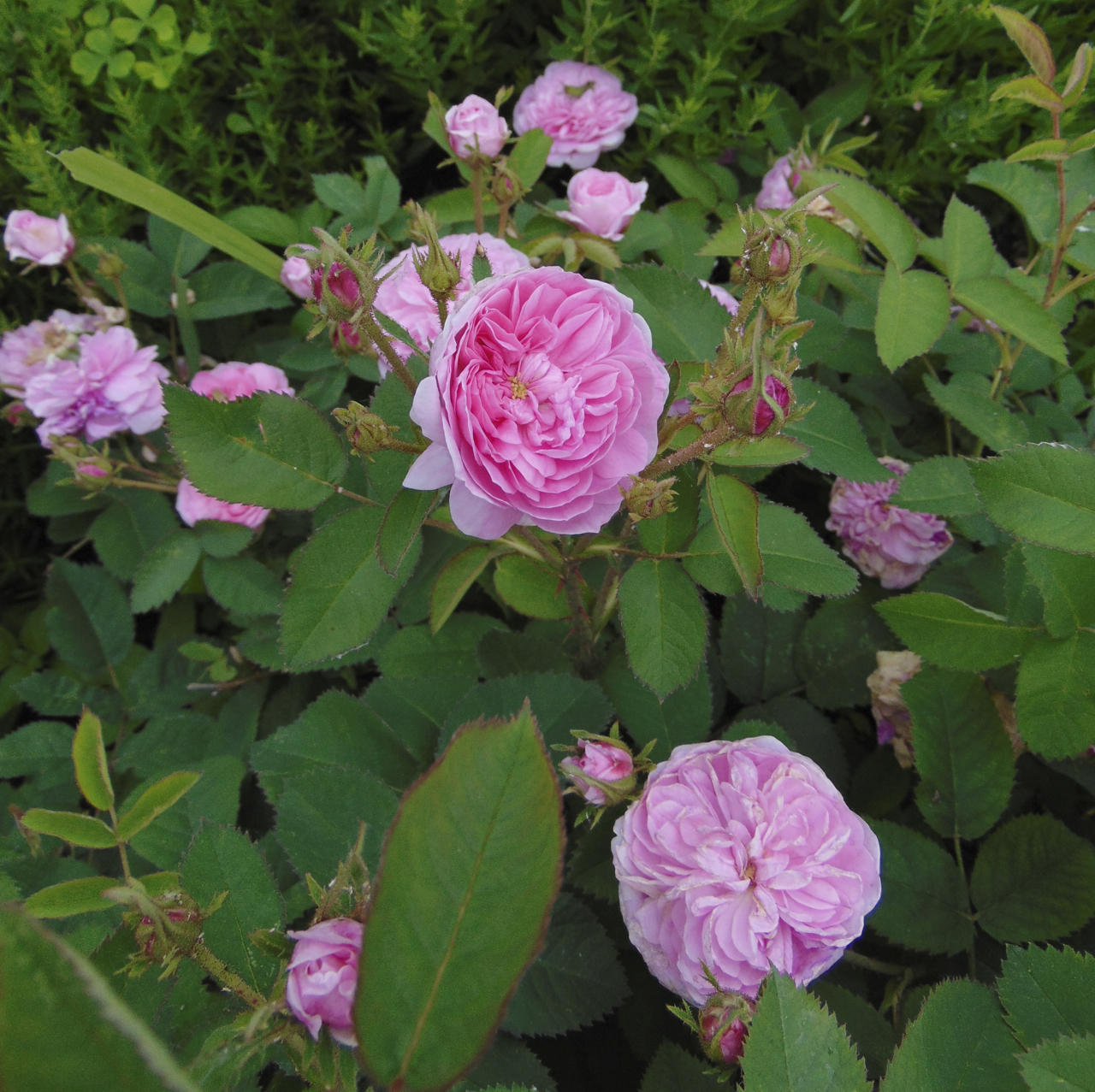
‘Petite de Hollande’, Zentifolie, um 1800
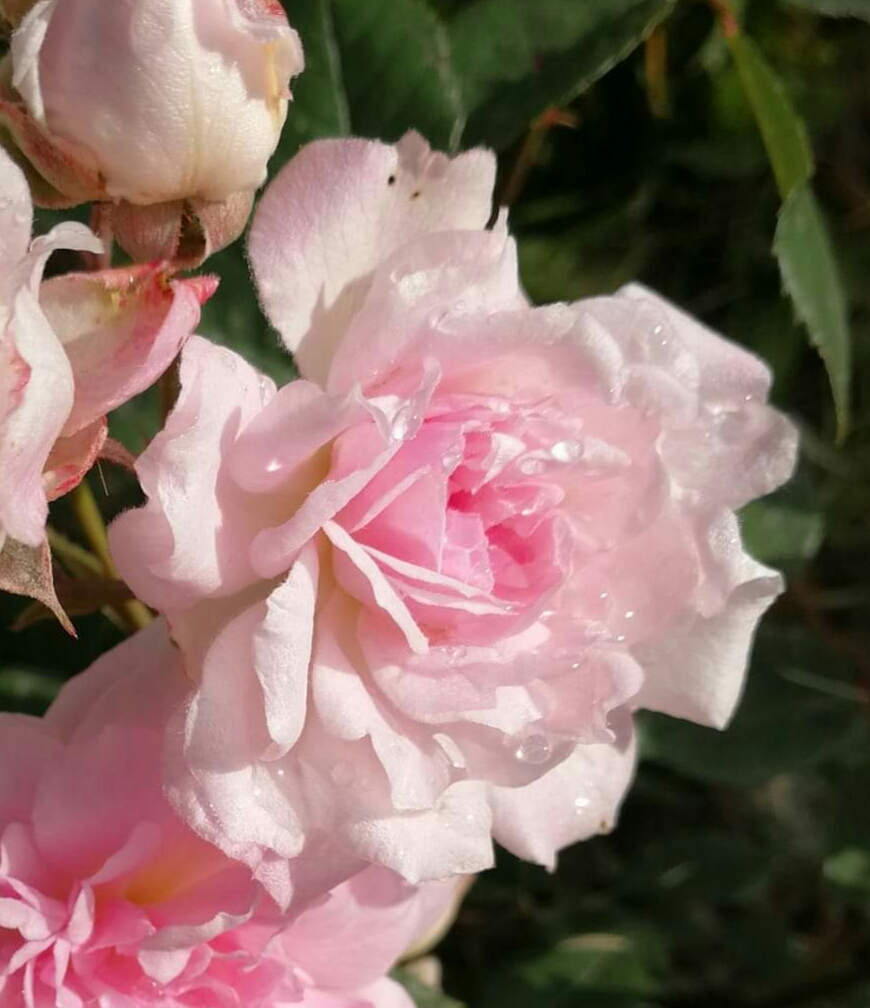
‘Petite Léonie’, Soupert & Notting, 1892
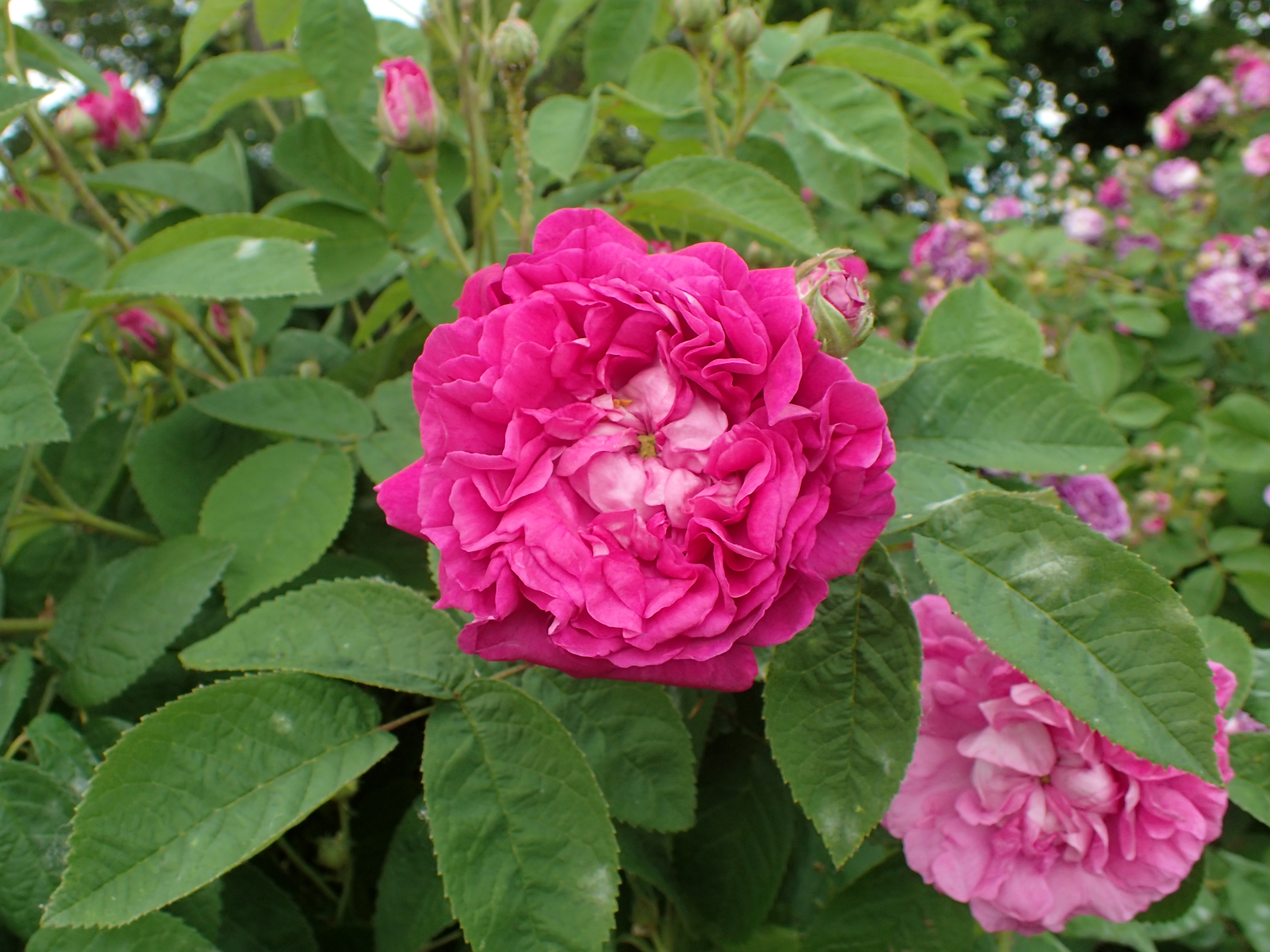
‘Petite Orléanaise’, vor 1843
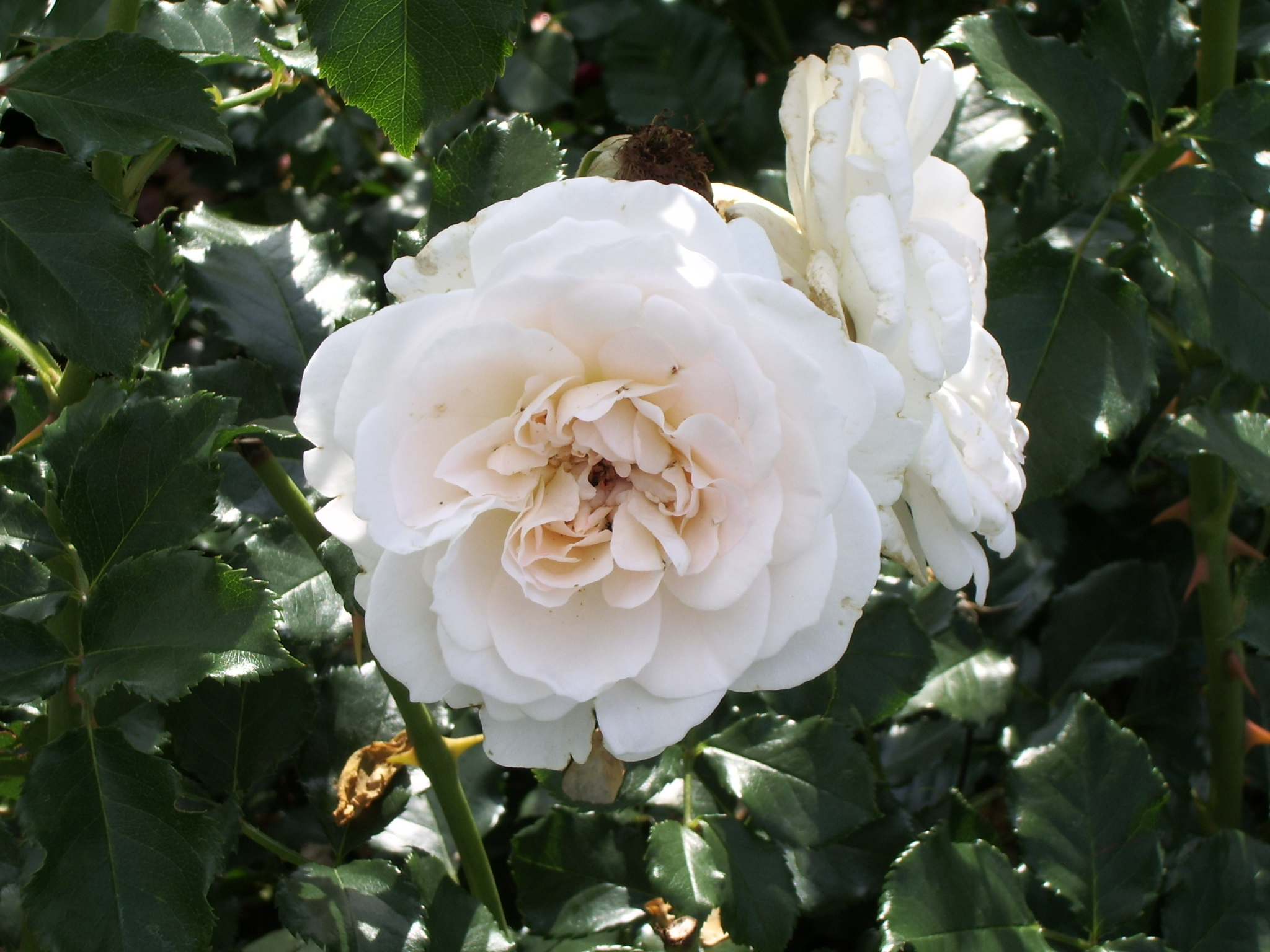
‘Petticoat’, Kordes, 2004
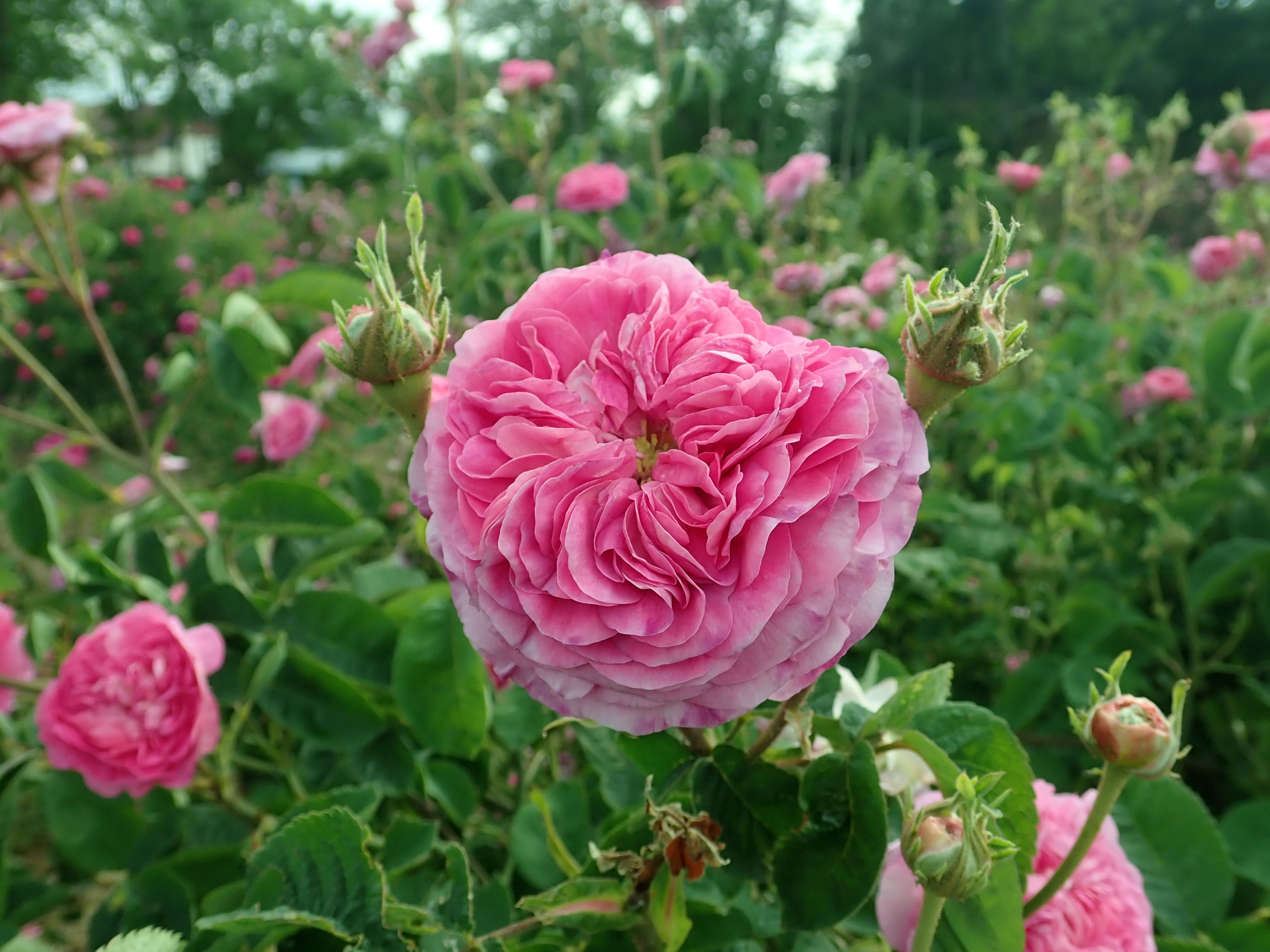
‘Phénice’, Vibert, 1843
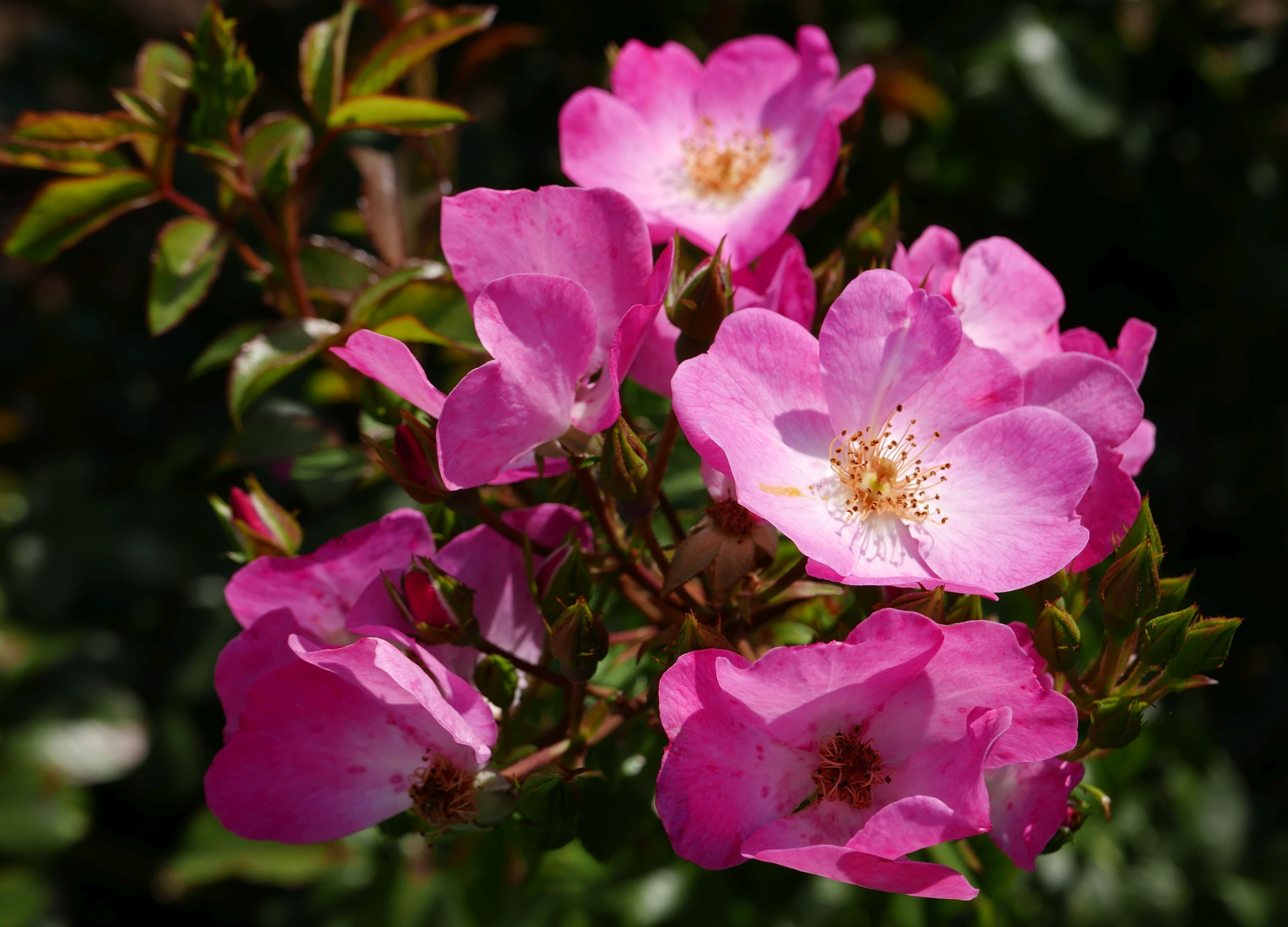
‘Phlox Meidiland’, Meilland, 2000
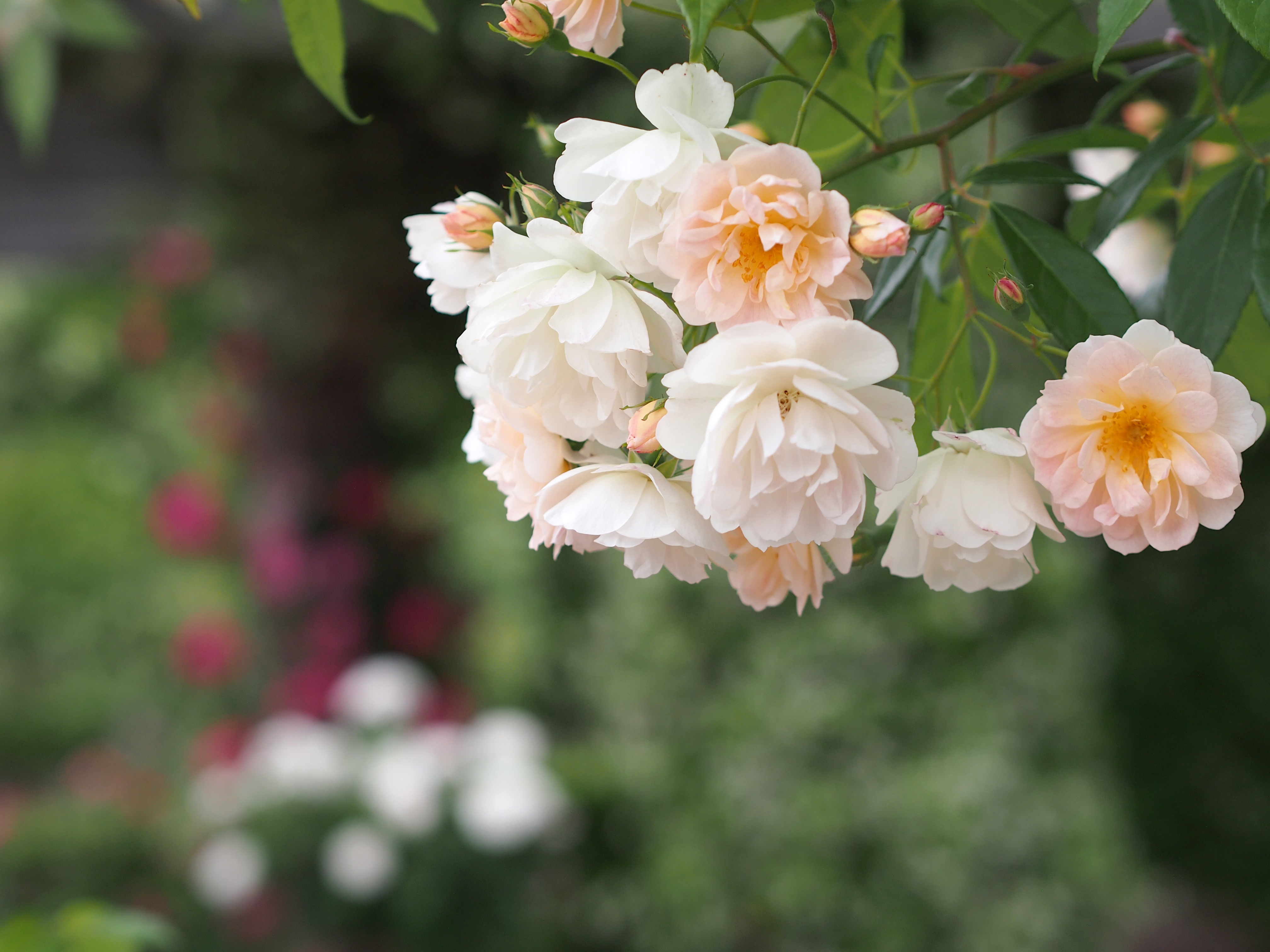
‘Phyllis Bide’, S. Bide & Sons, 1923
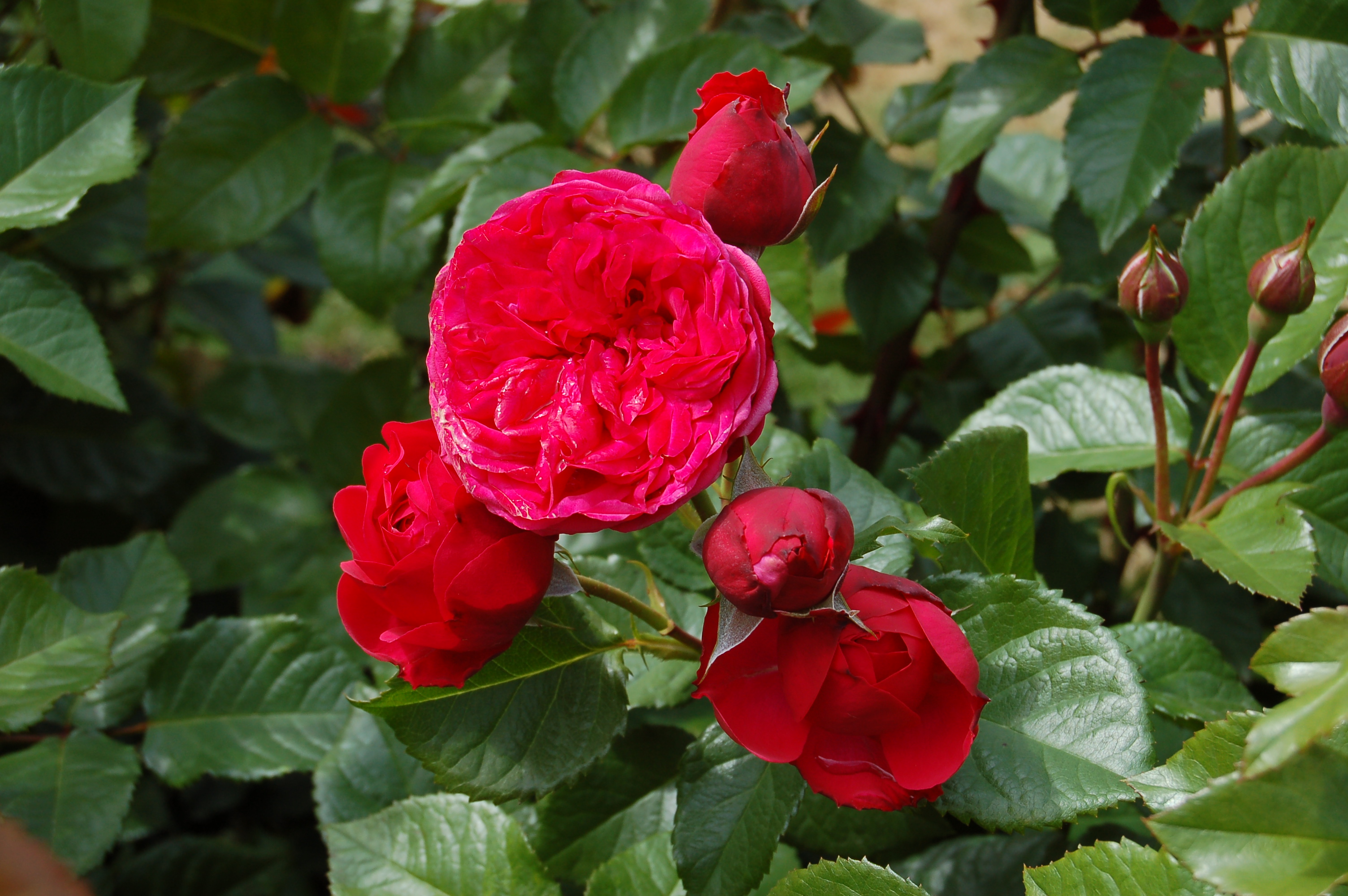
‘Piano’, Tantau, 2007
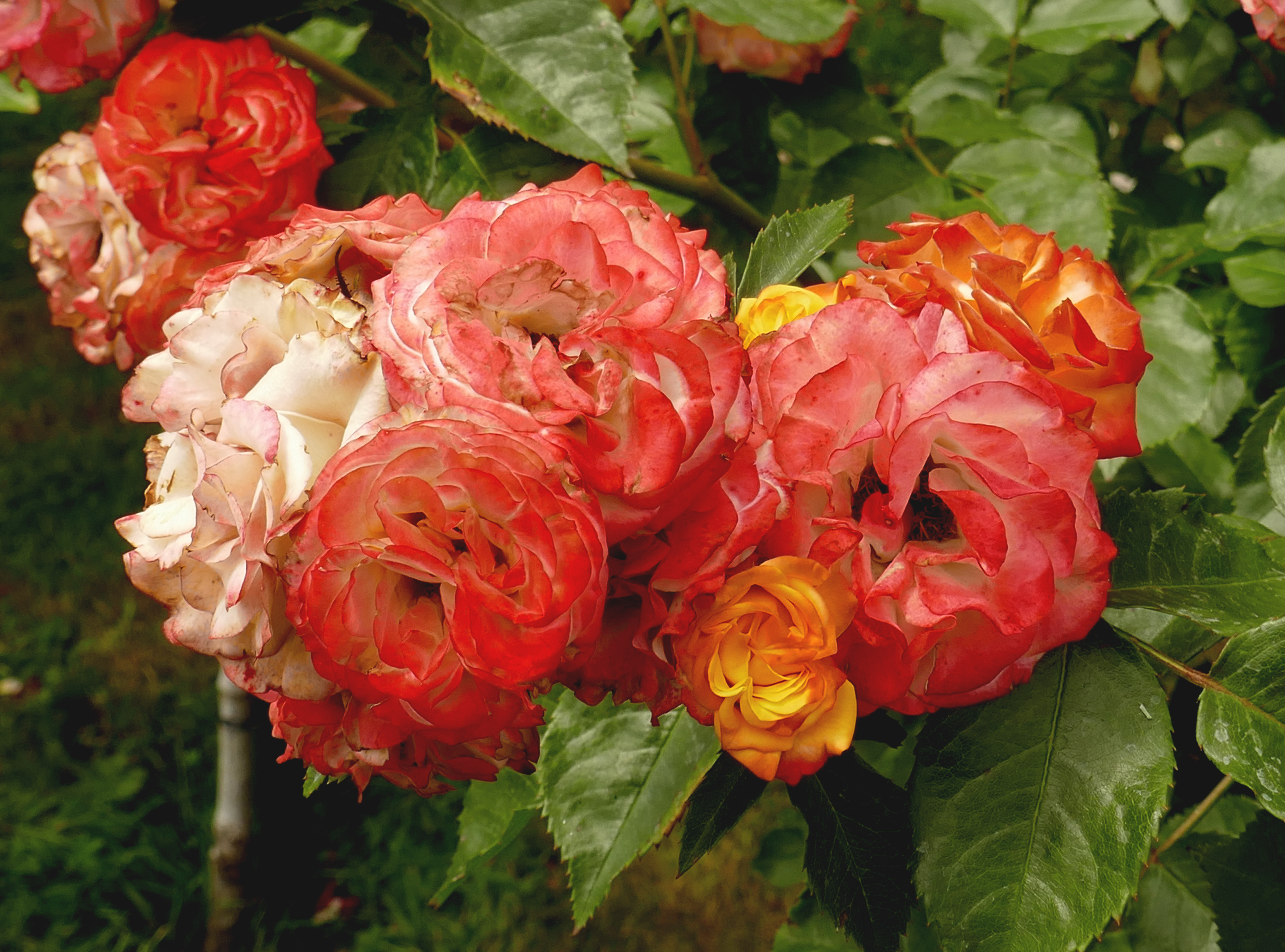
‘Piccadilly’, McGredy, 1955
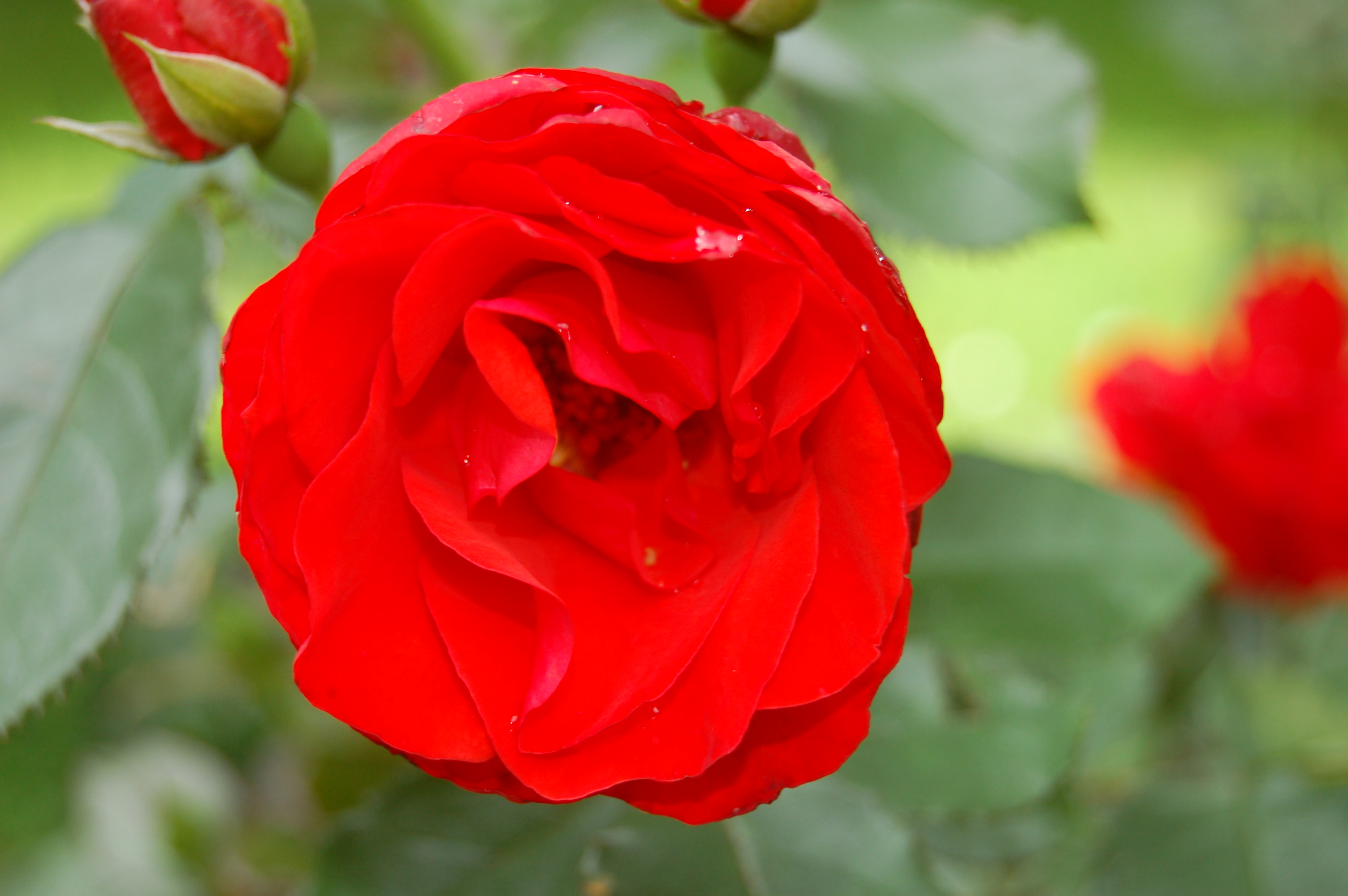
‘Piccolo’, Tantau, 1984
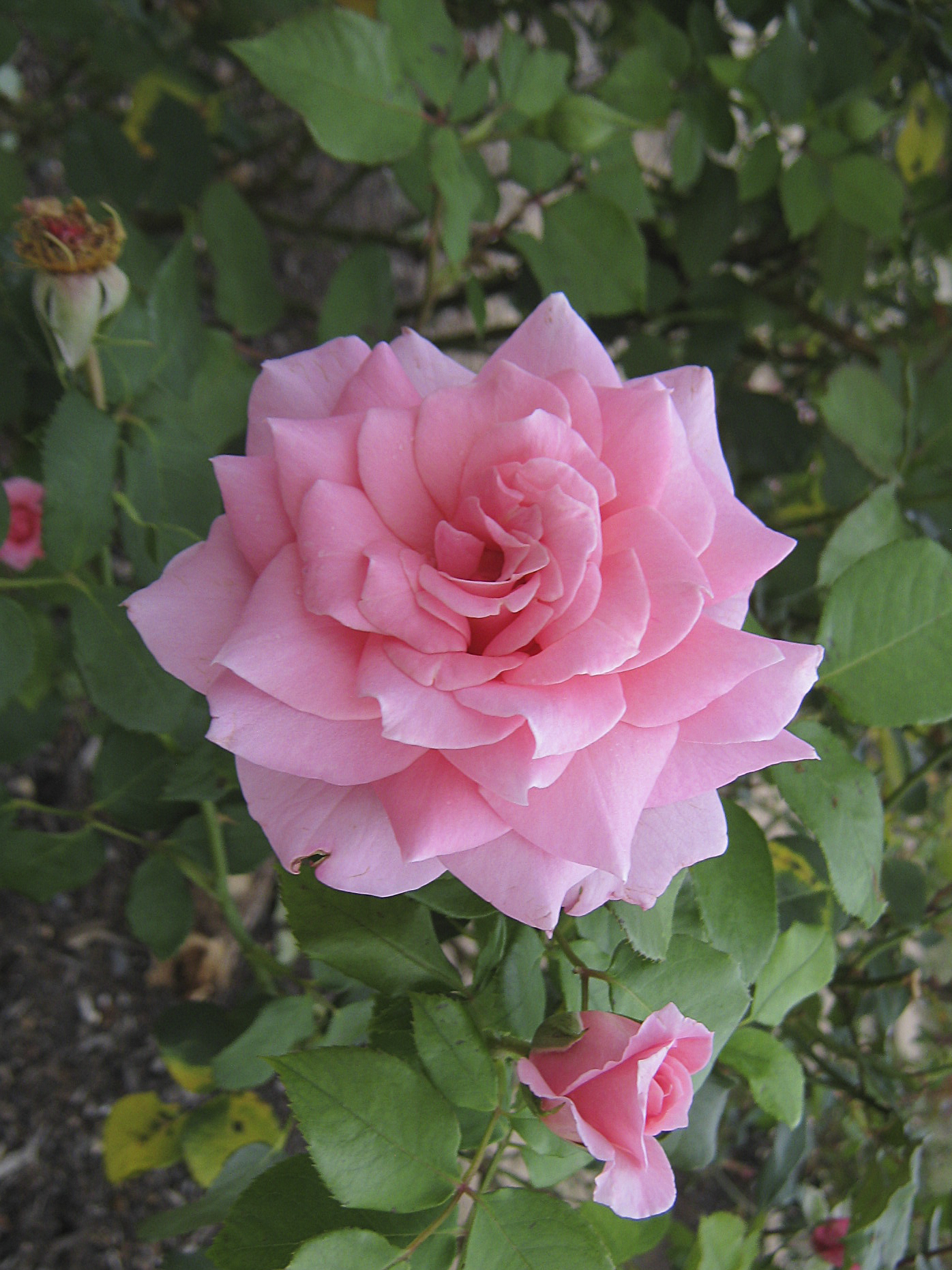
‘Picture’, Samuel Davidson McGredy III, vor 1930
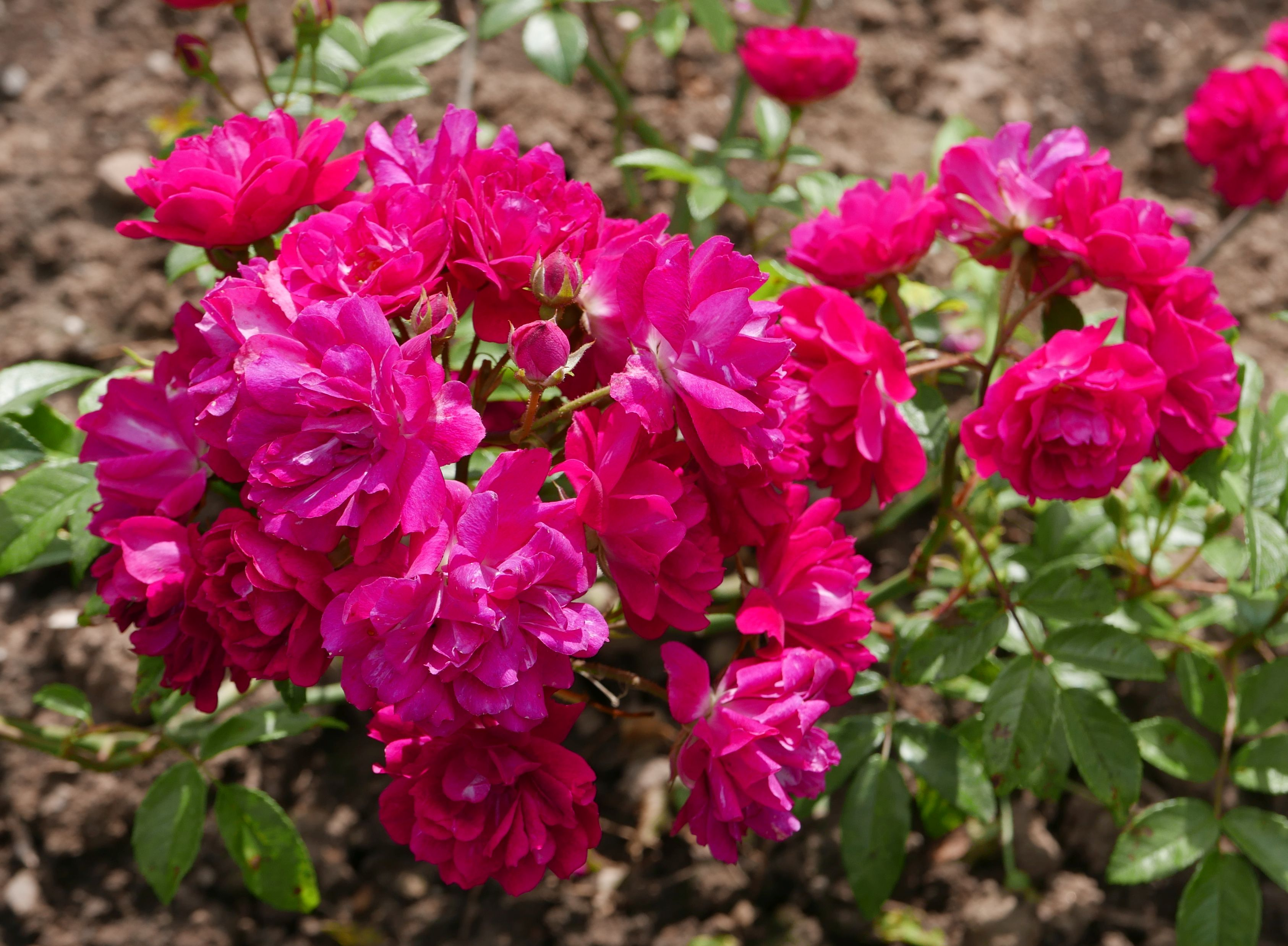
‘Pierre Cormier’, Eugène Turbat, 1926
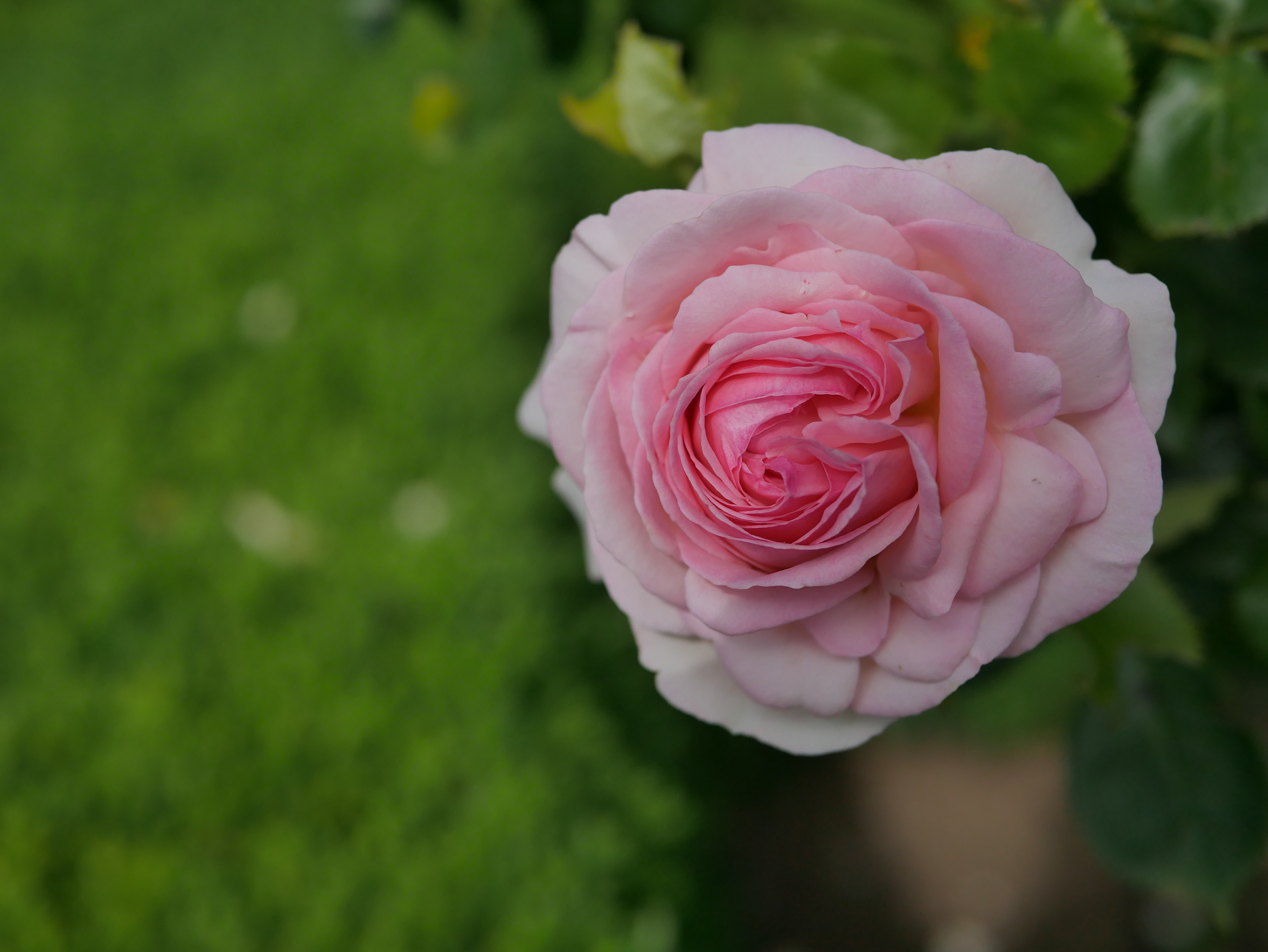
‘Pierre de Ronsard’, Meilland, 1987
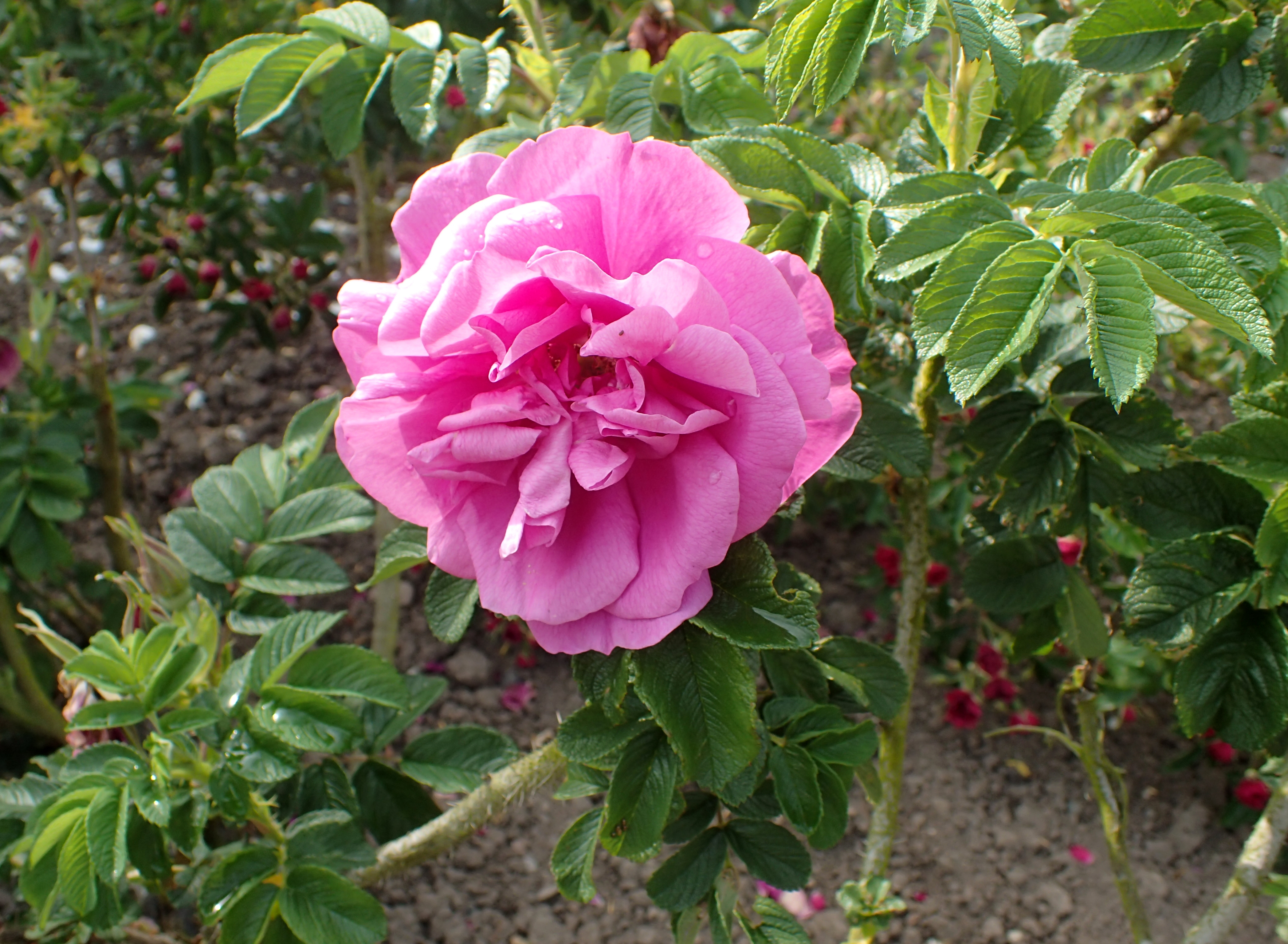
‘Pierette’, Jürgen Walter Uhl, 1987
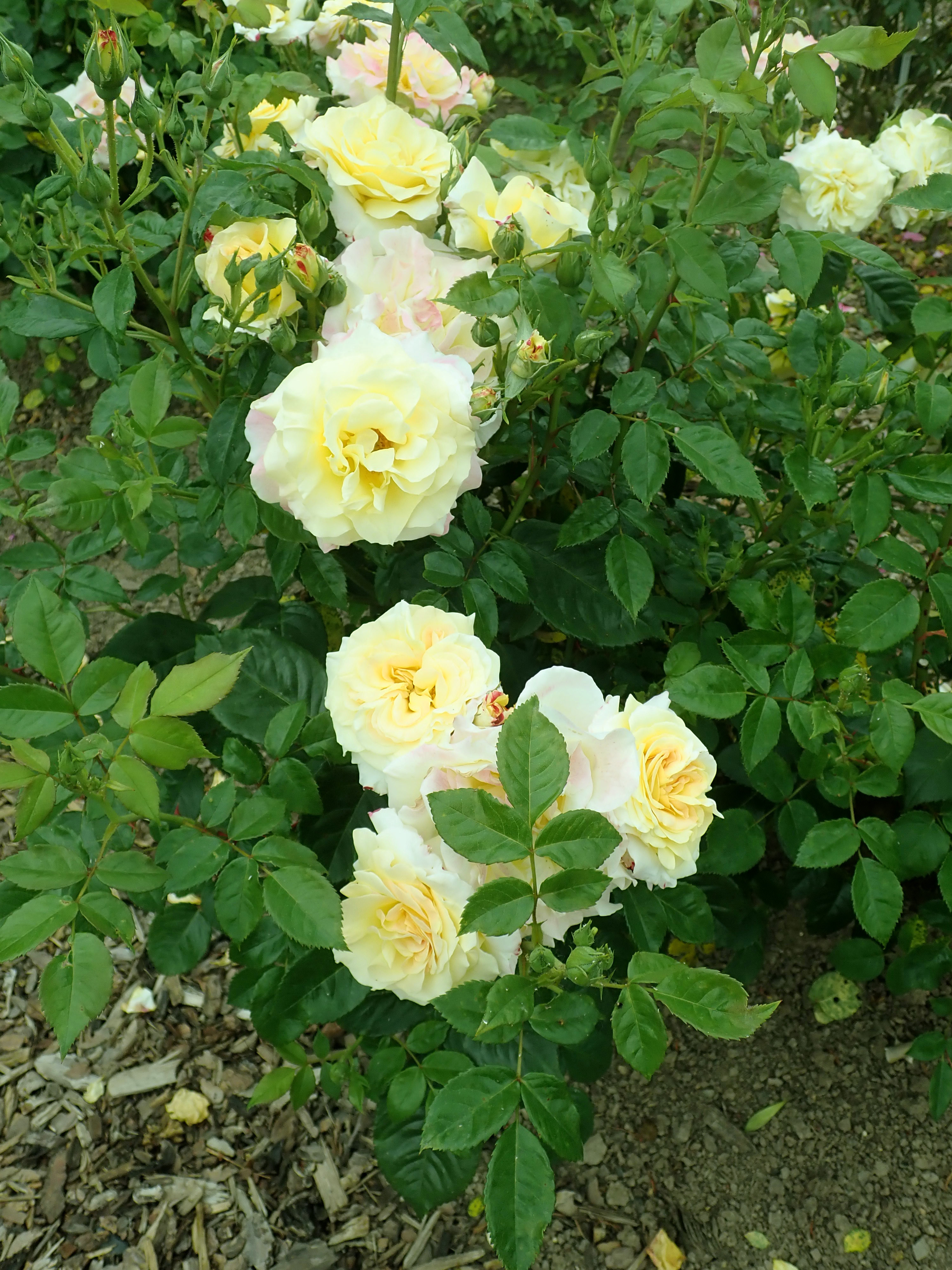
‘Pillnitz’, Johann Schmadlak, 1989
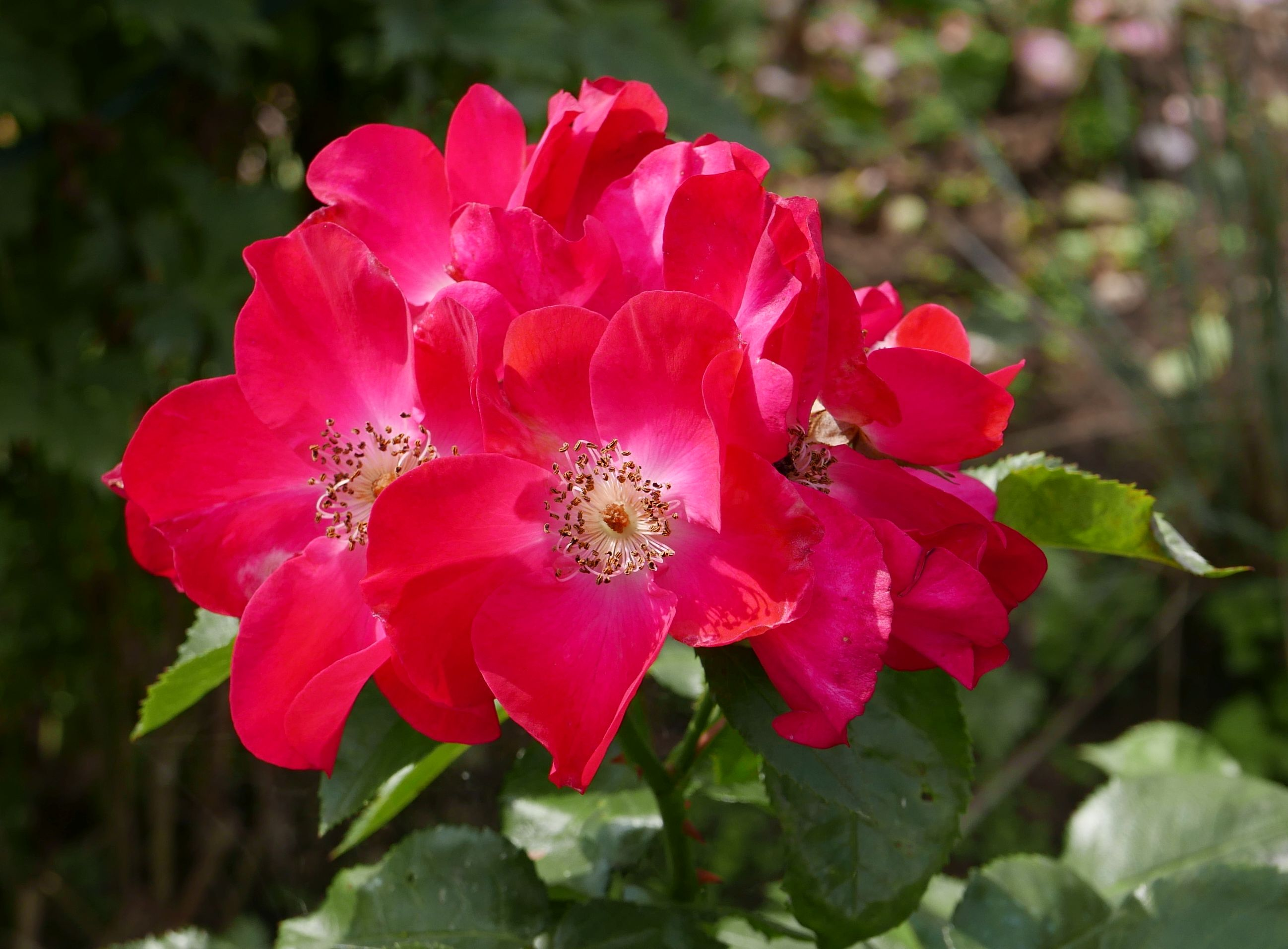
‘Pinal’, Institut für Obstbau, unbekannt
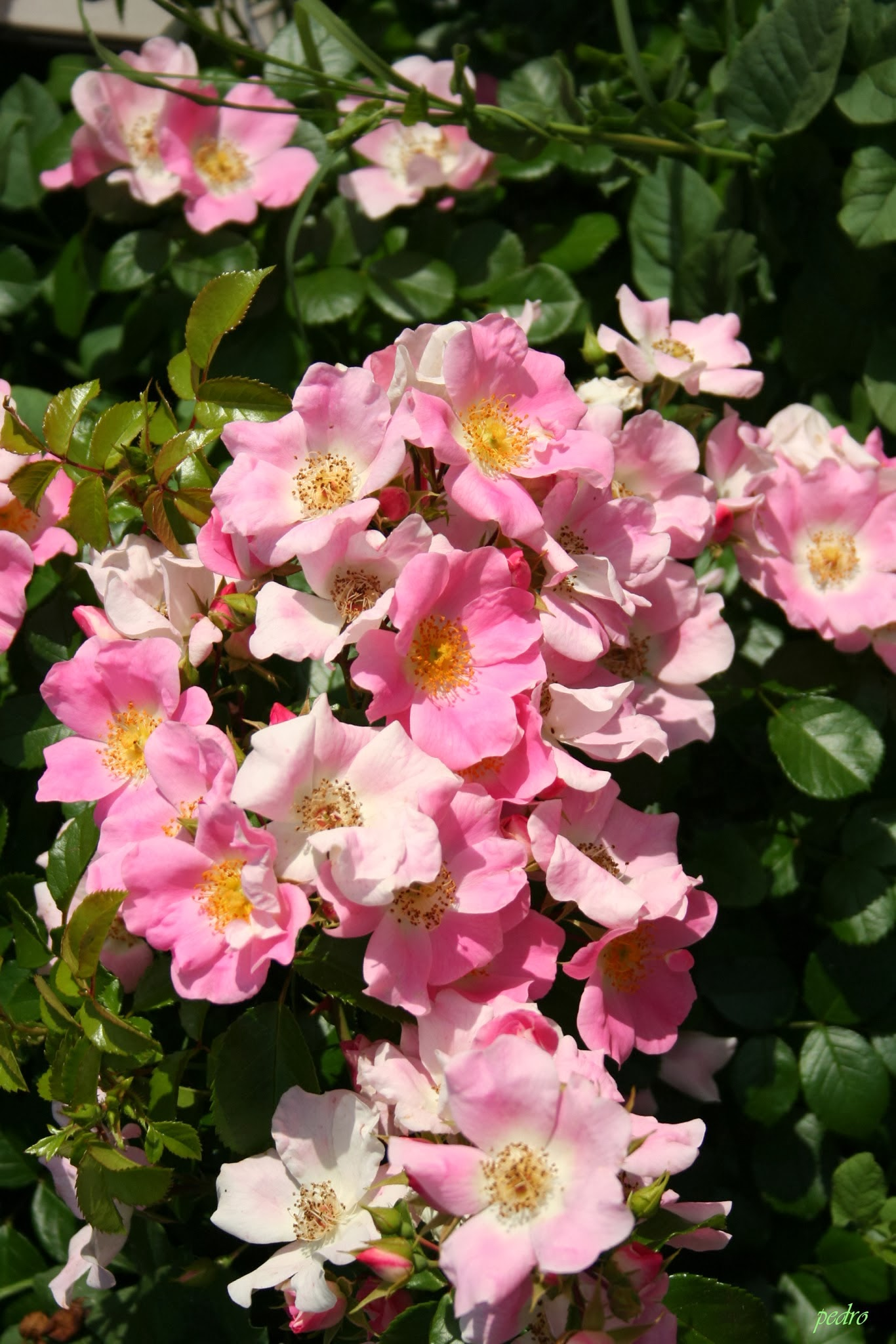
‘Pink Bassino’, Kordes, vor 1990
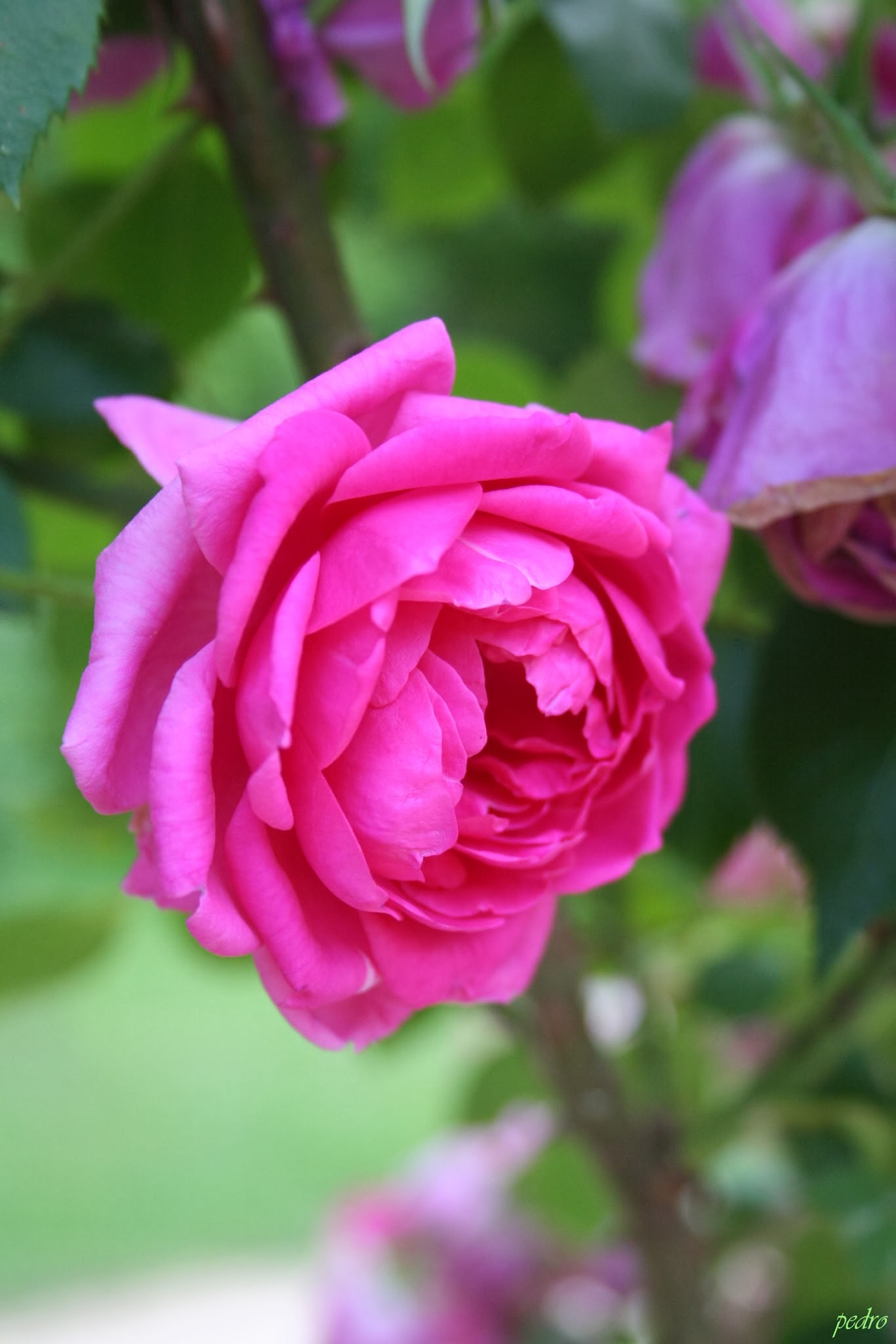
‘Pink Cloud’, Boerner, 1952
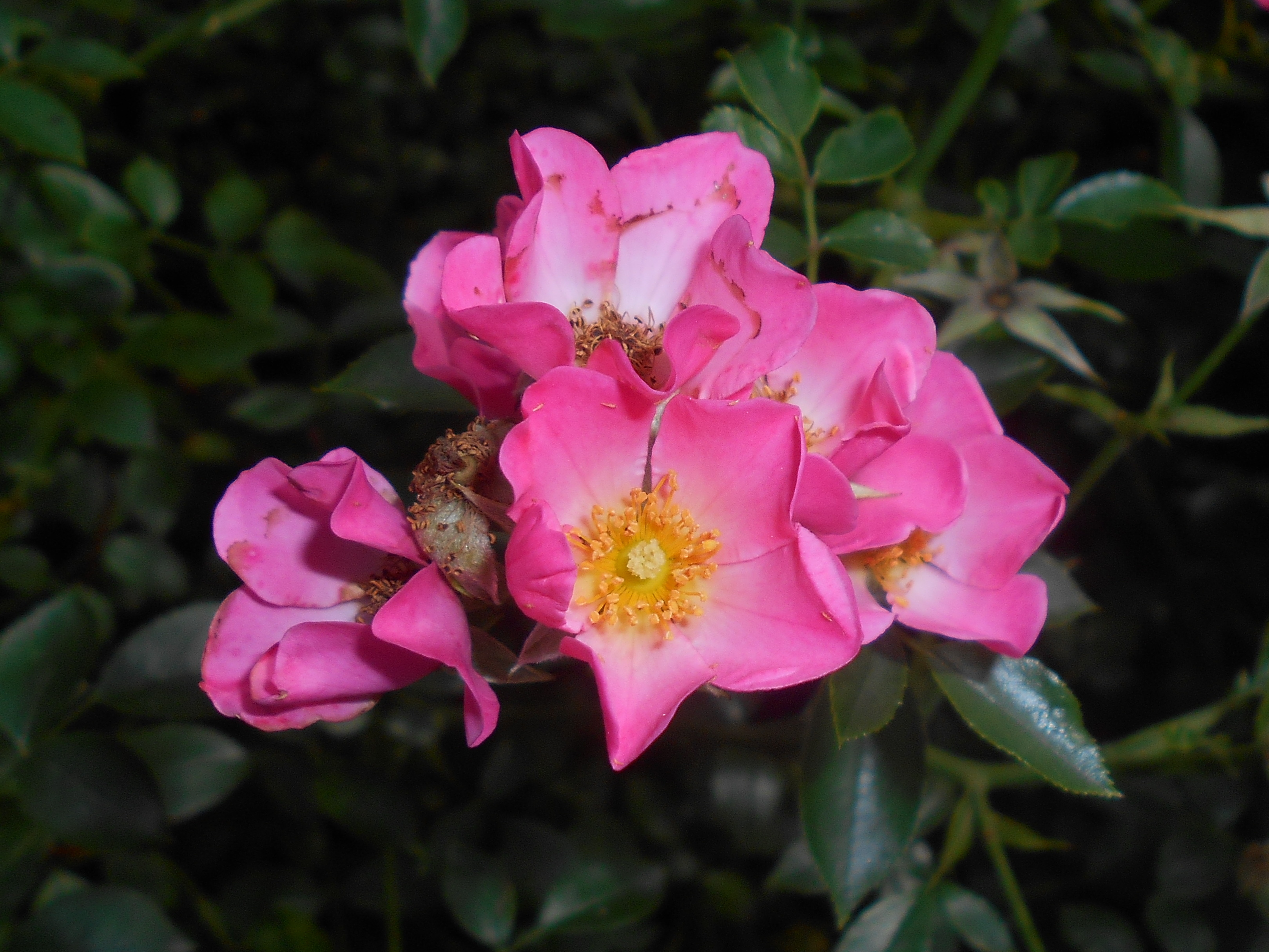
‘Pink Cover’, Olesen, vor 1985
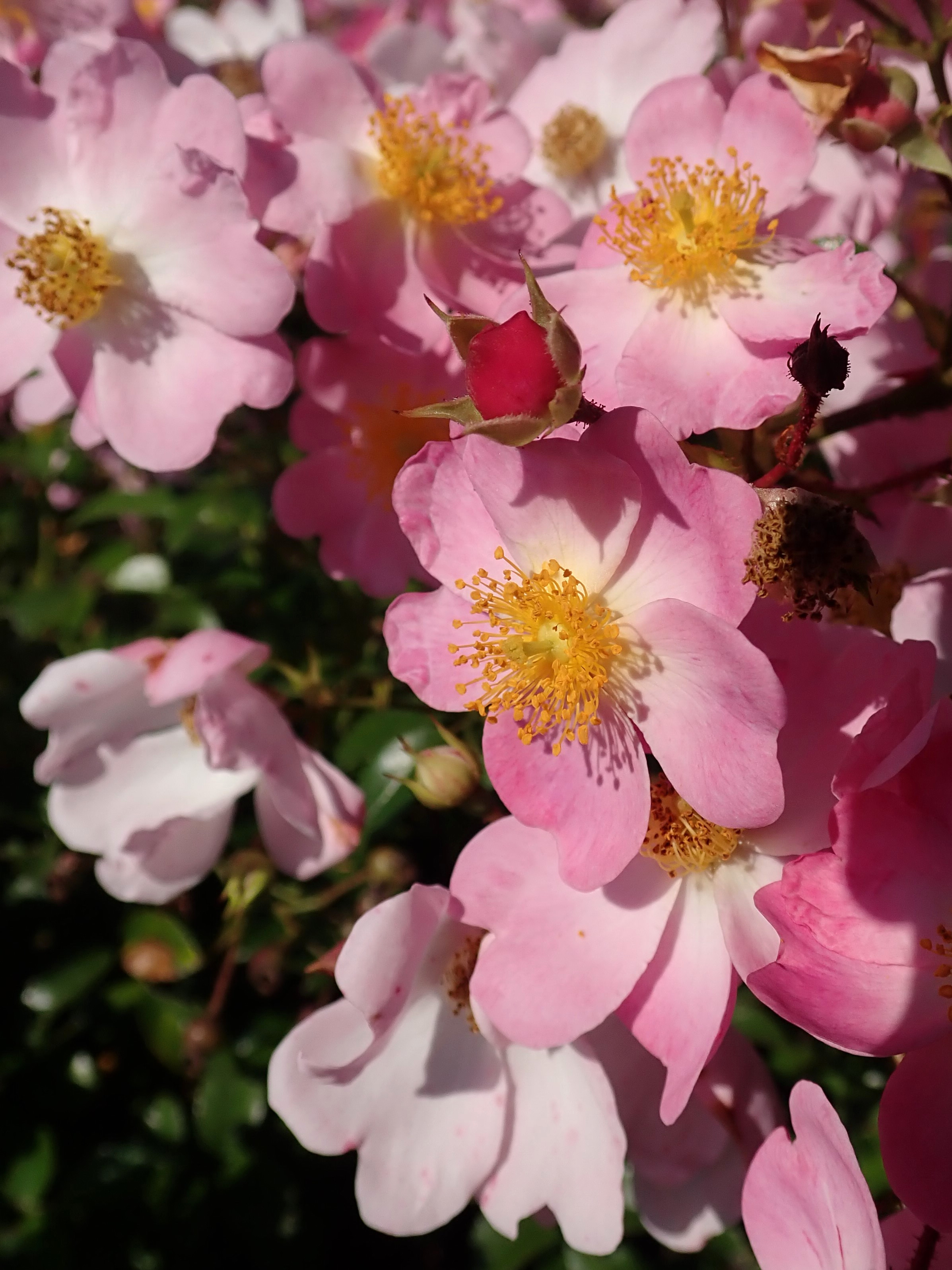
‘Pink Decumba’, Karl Baum/Tantau, 1987
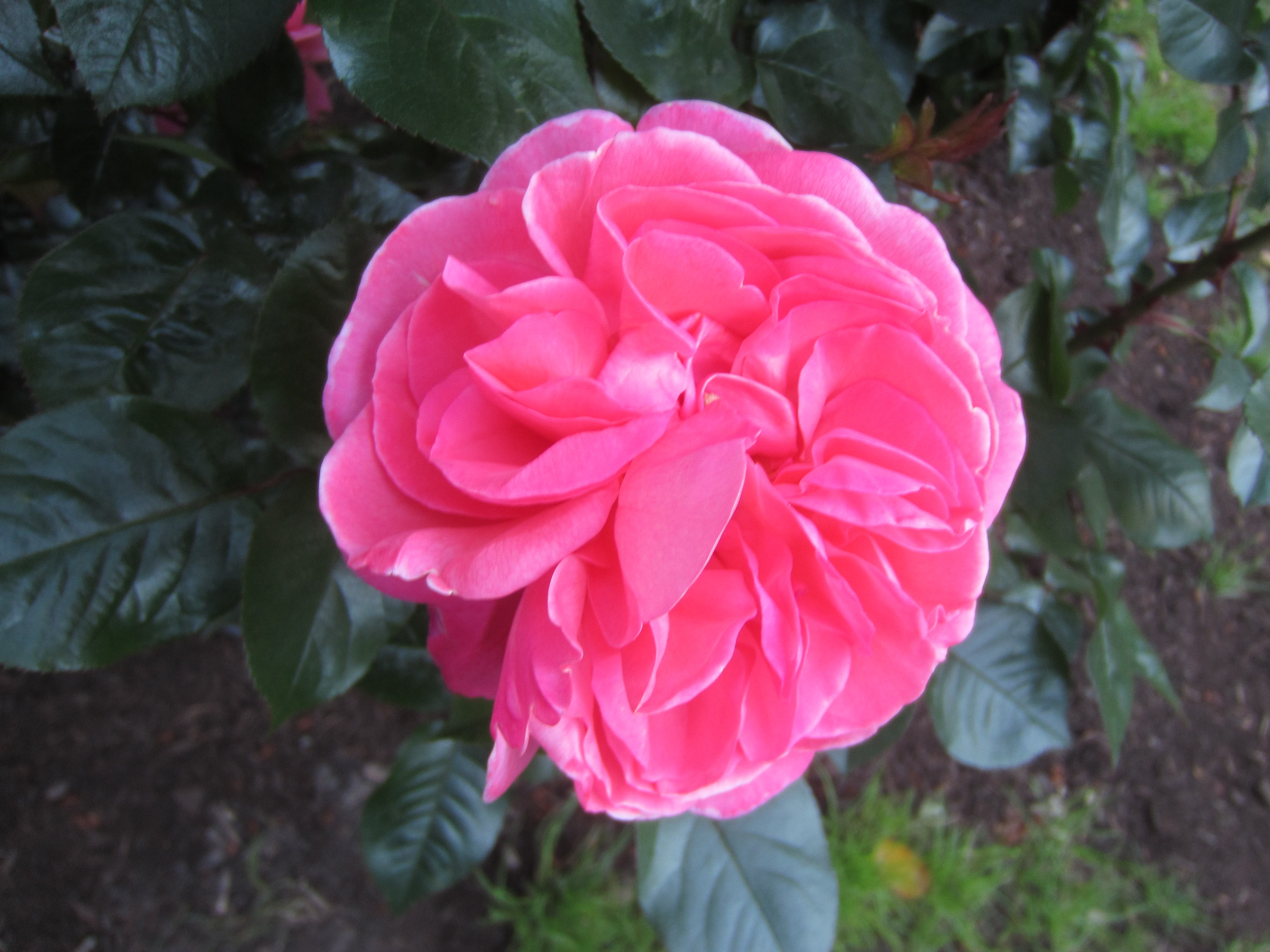
‘Pink Flamingo’, unbekannt
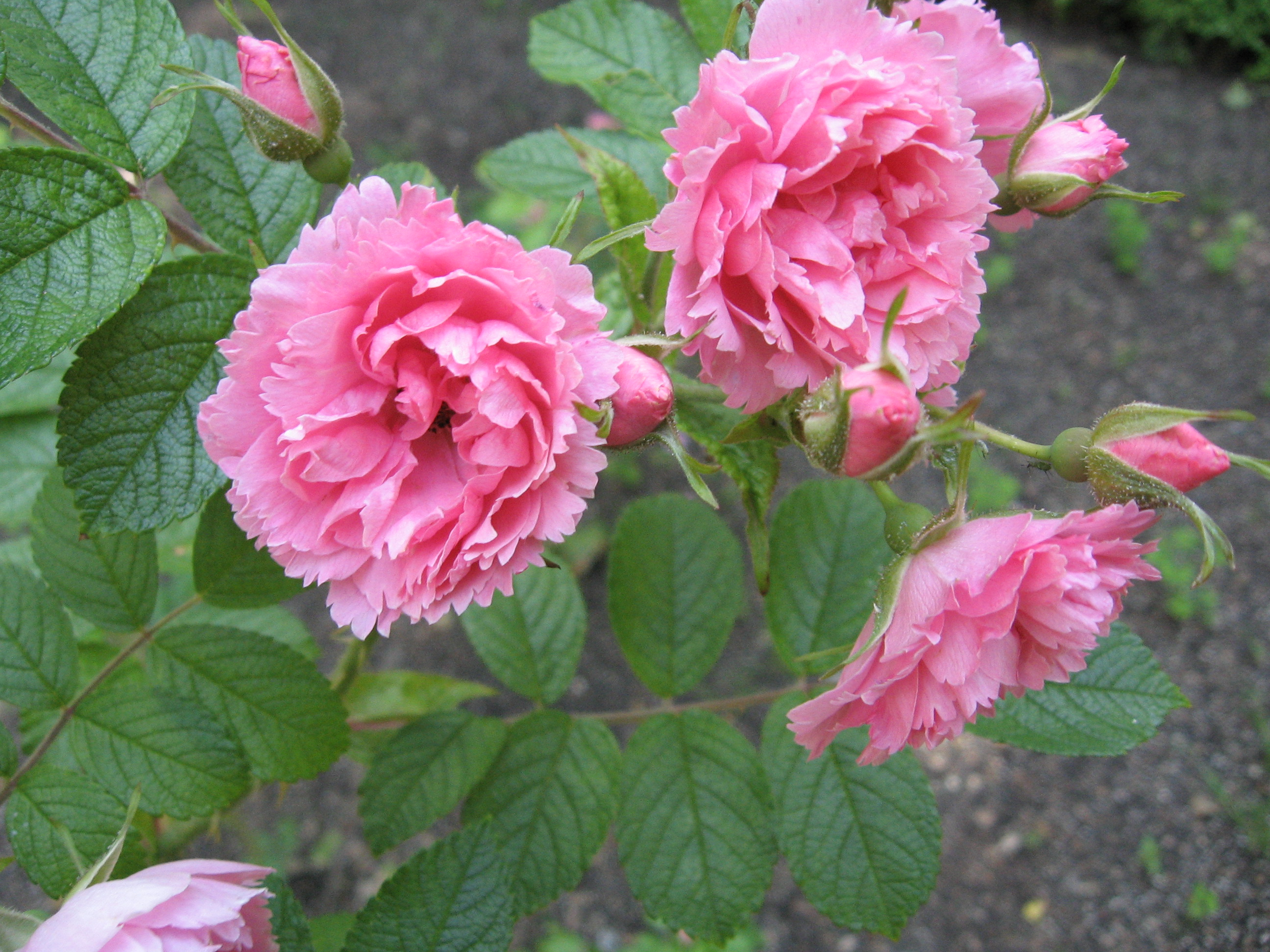
‘Pink Grootendorst’, Grootendorst, 1923
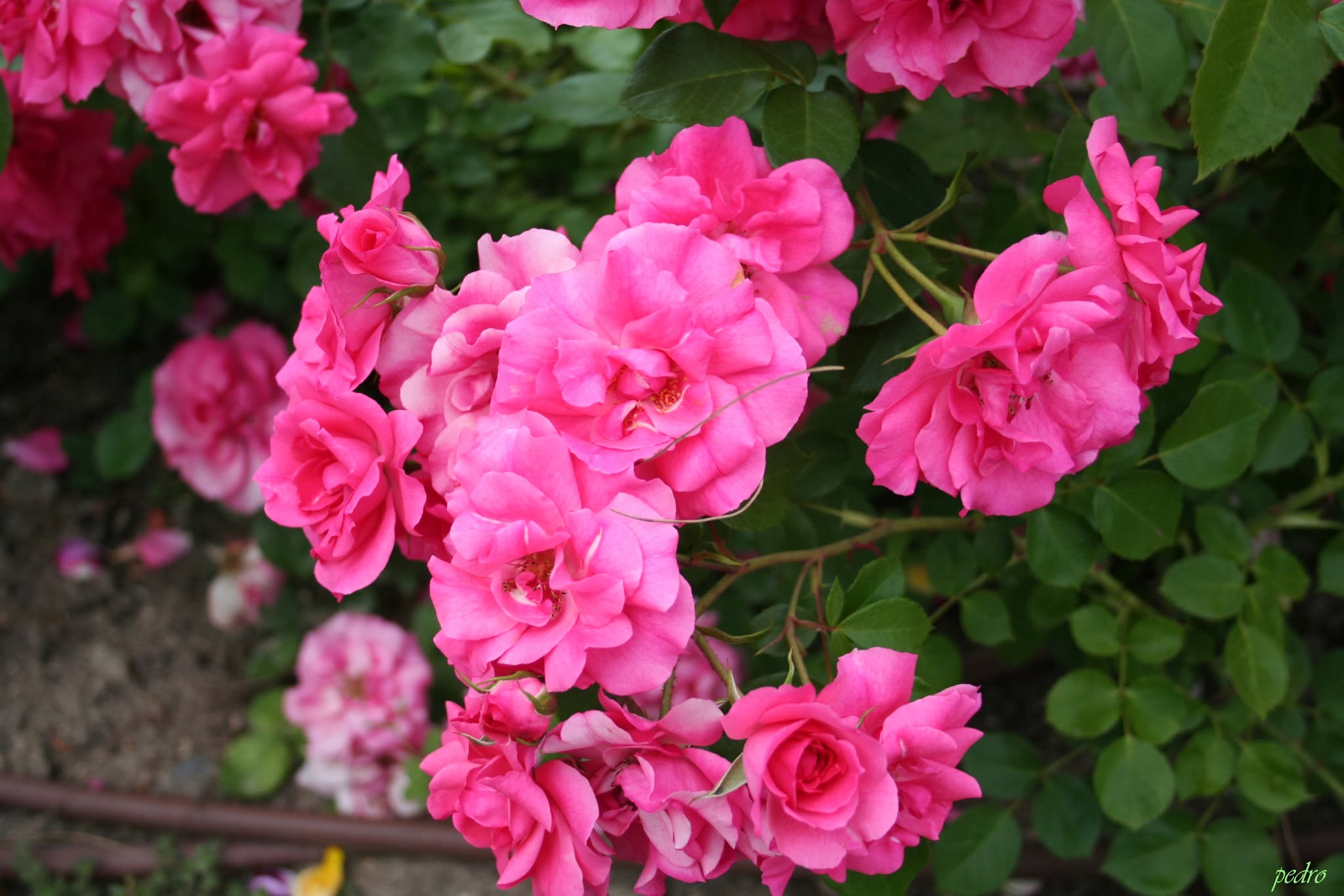
‘Pink La Sevillana’, Meilland, 1984
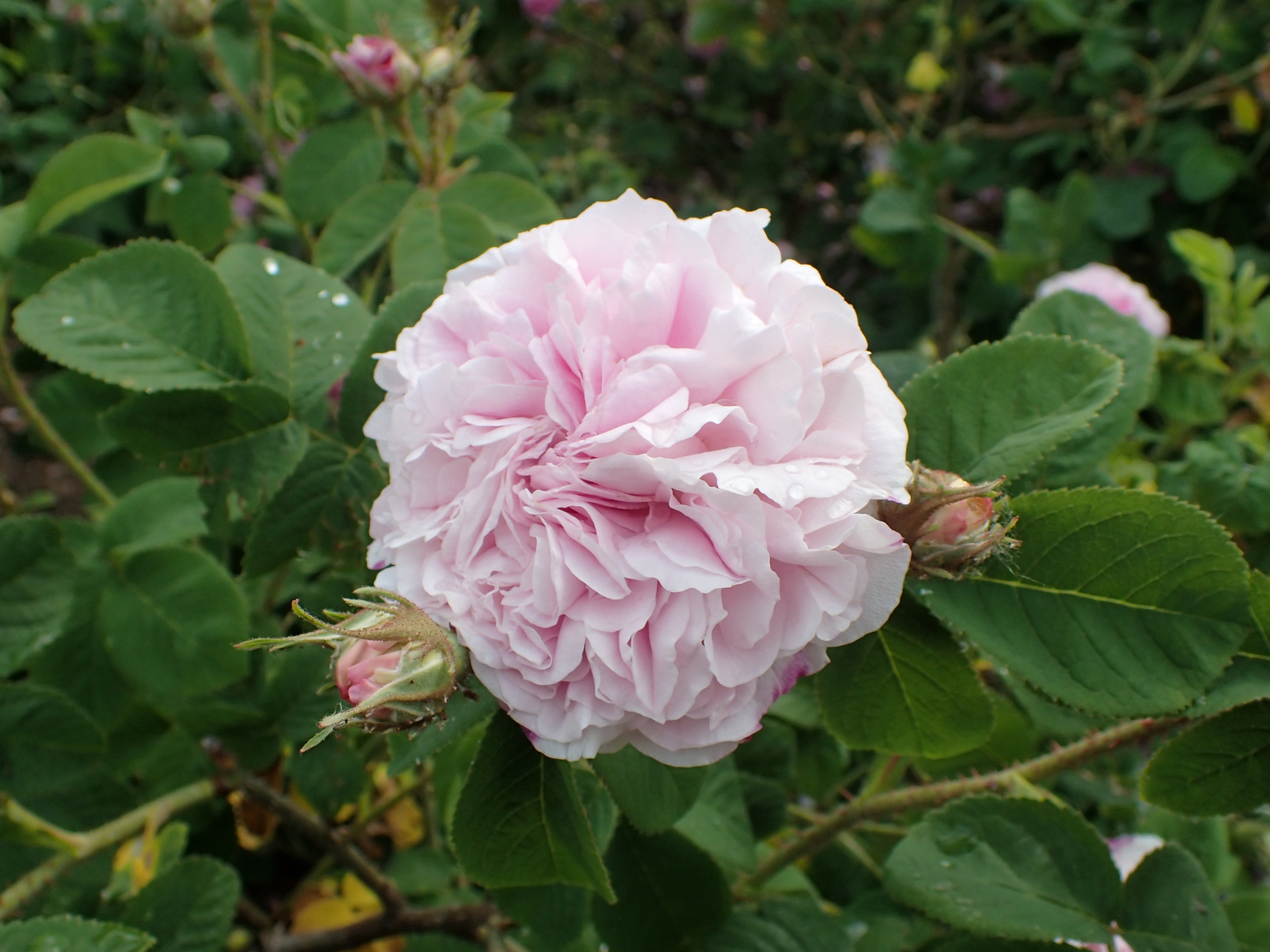
‘Pink Léda’, vor 1844
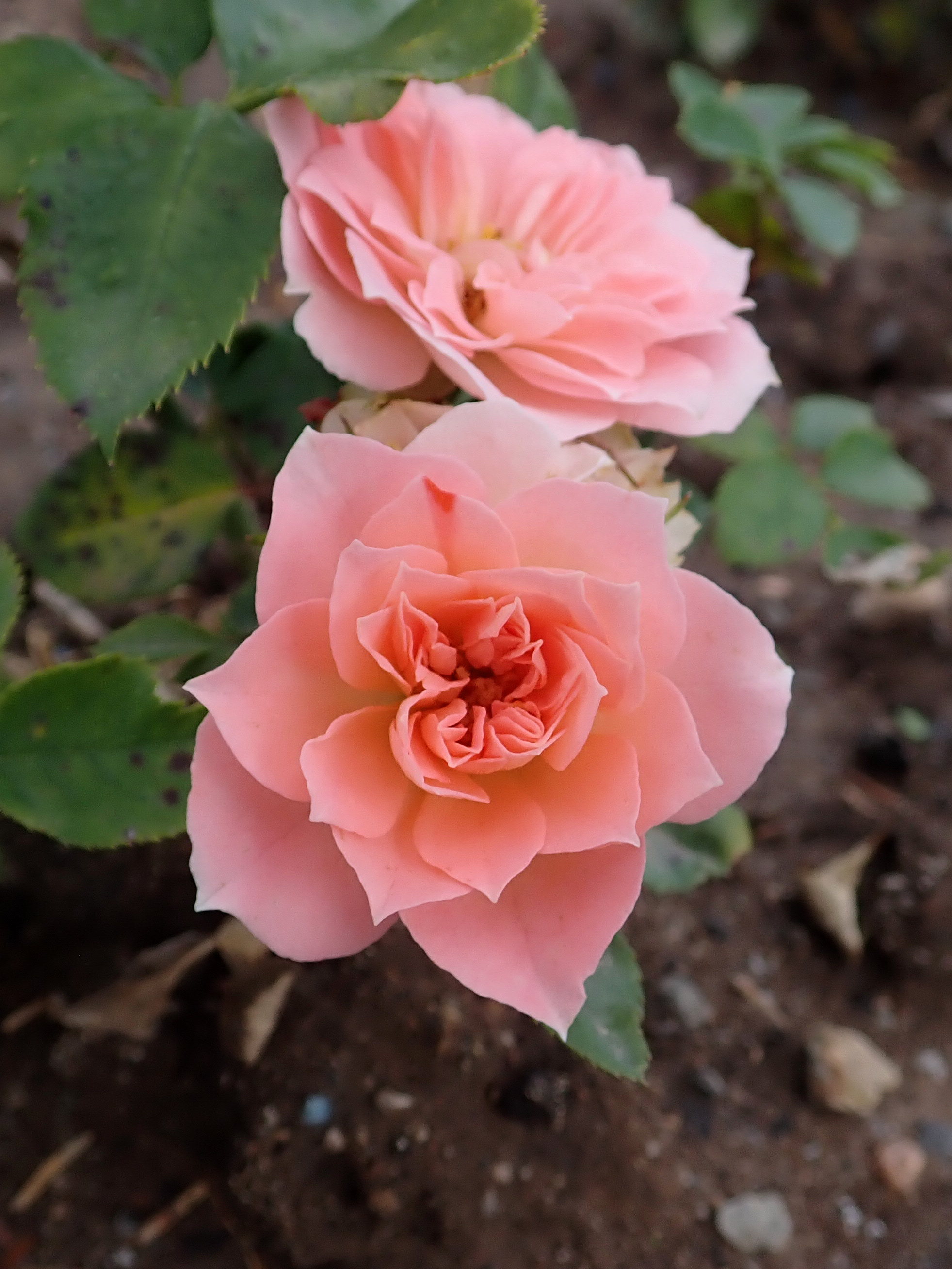
‘Pink Meillandina’, Meilland, 1980
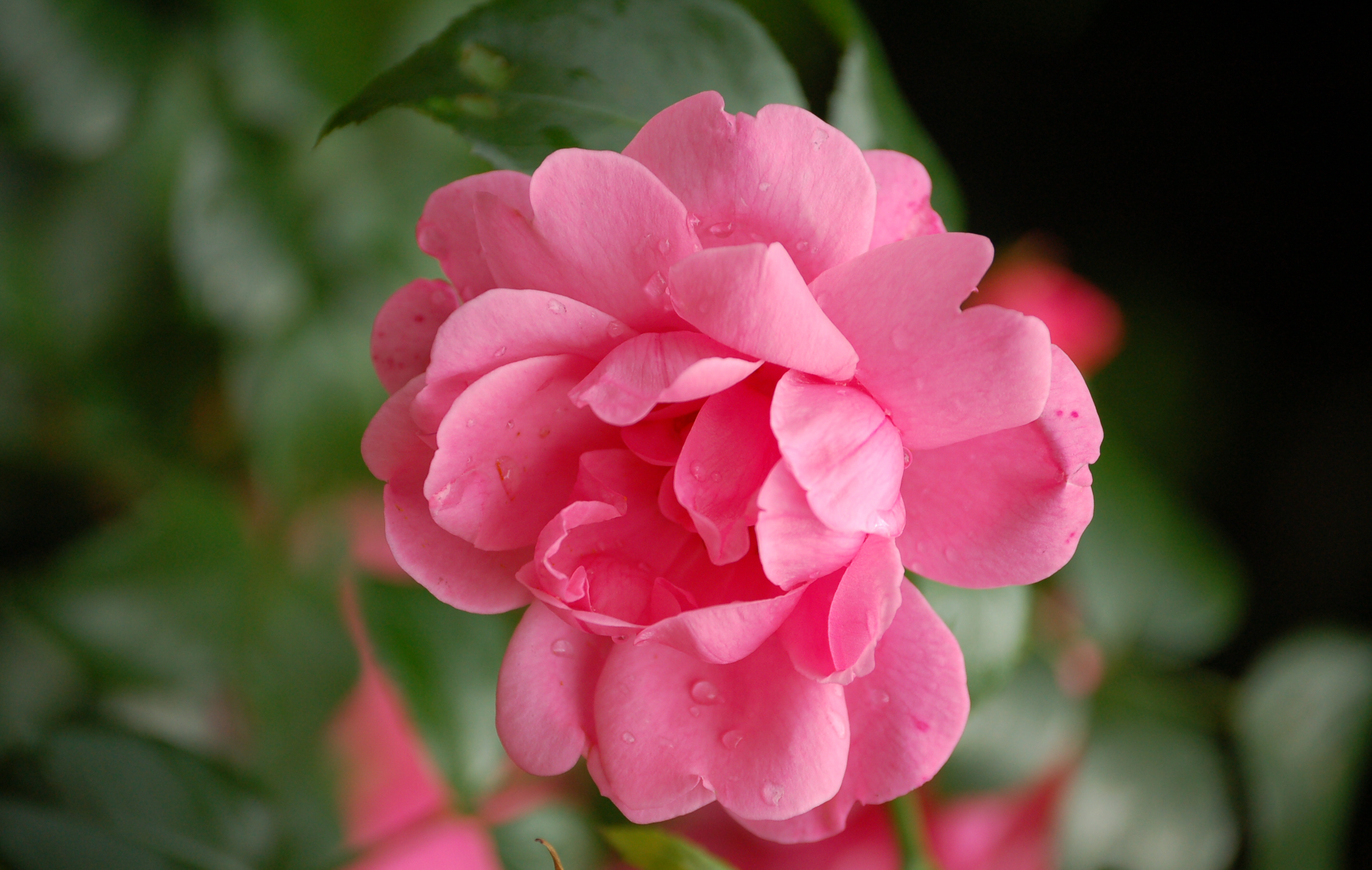
‘Pink Meilove’, Meilland, 2007
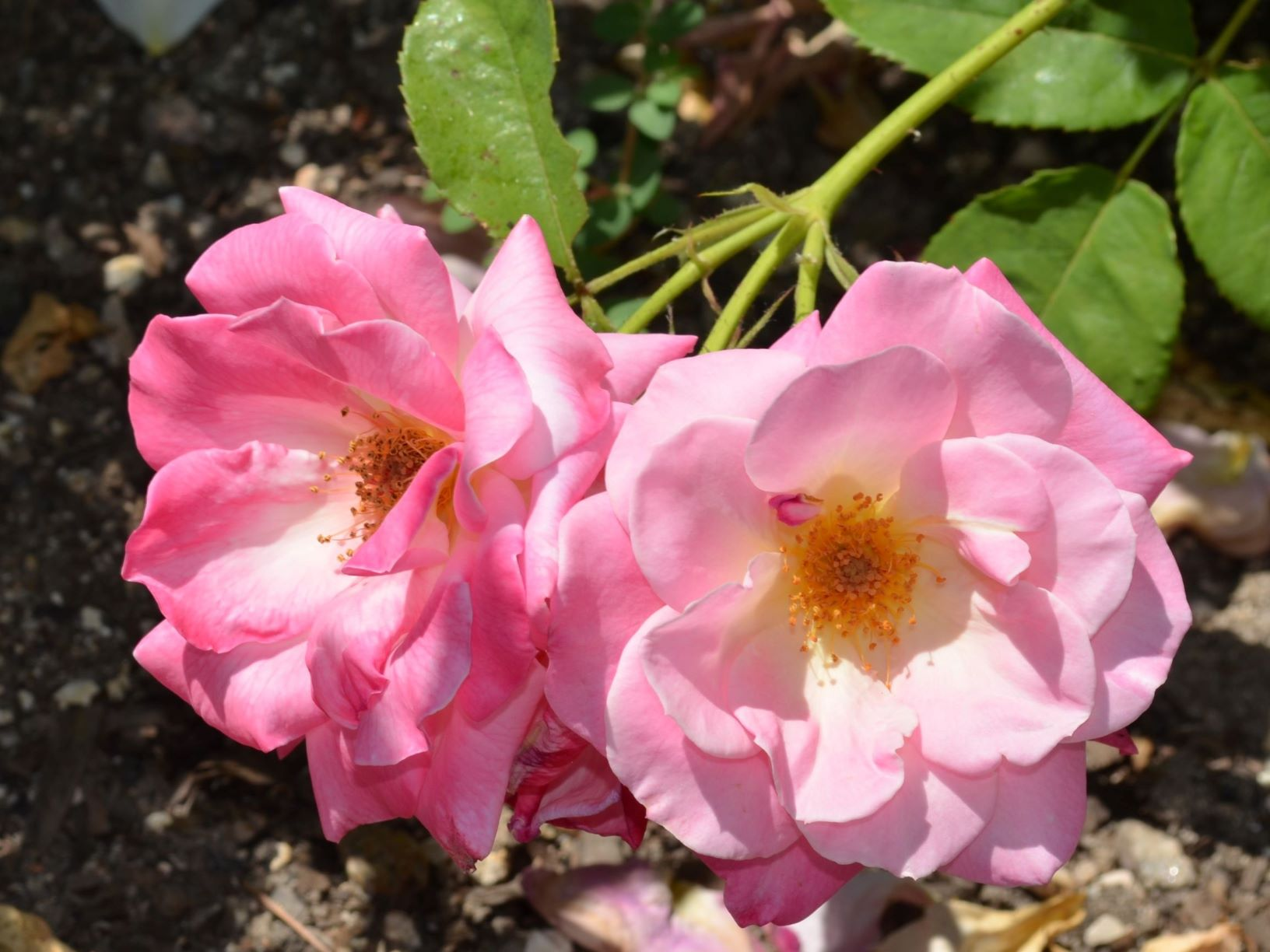
‘Pink Parfait’, Herbert C. Swim/Armstrong, 1960
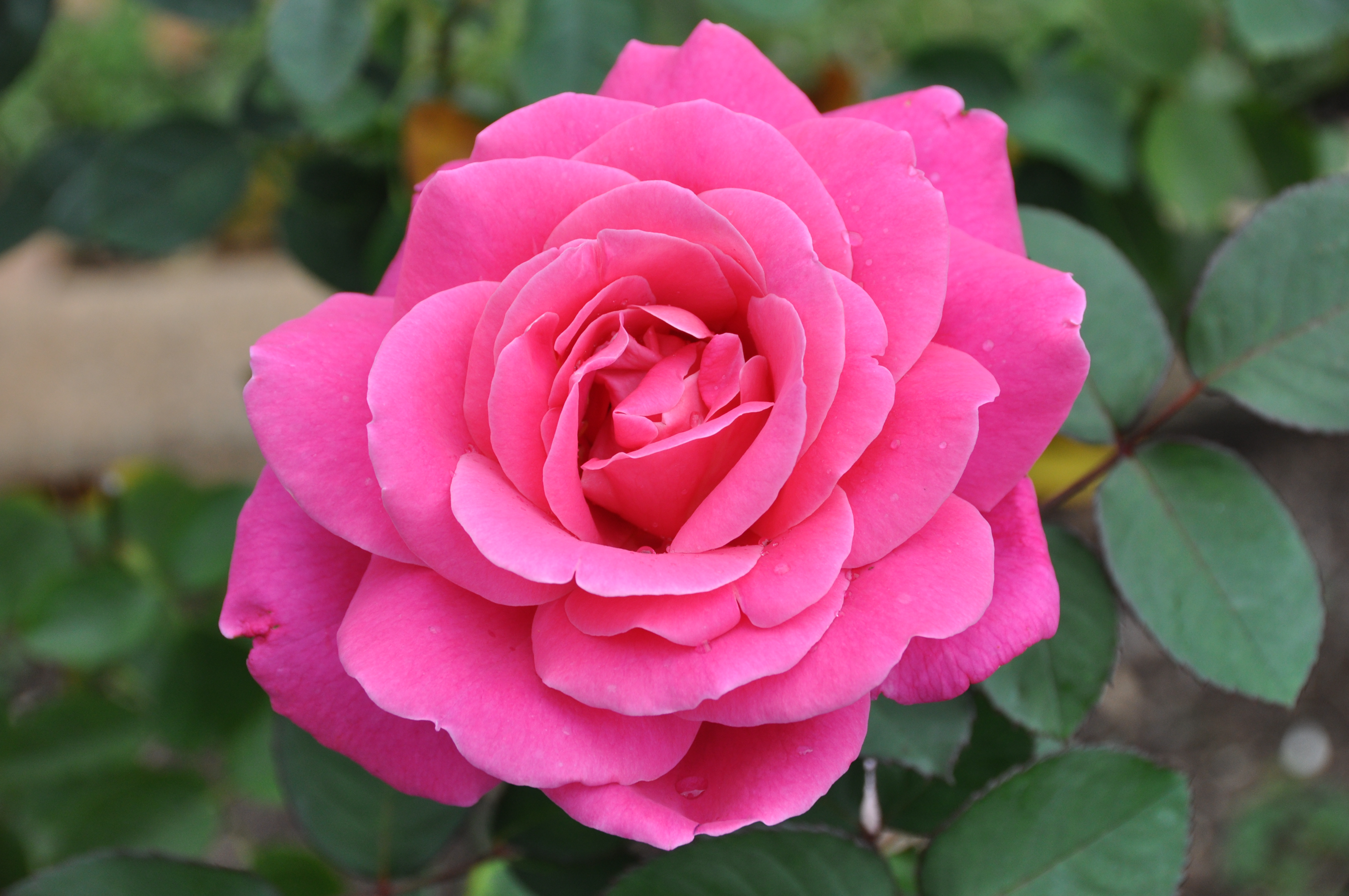
‘Pink Peace’, Meilland, 1958
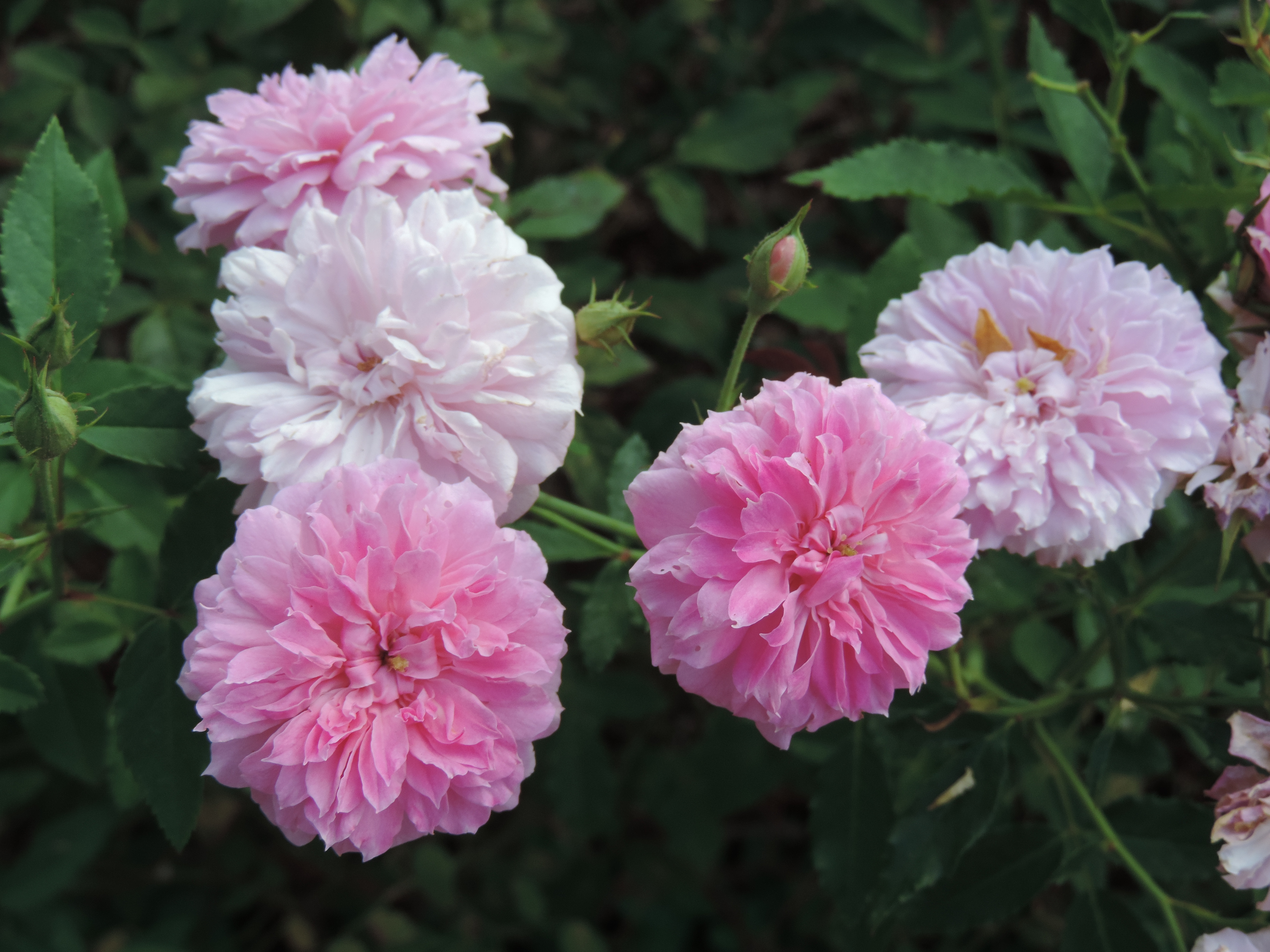
‘Pink Pet’, unbekannt
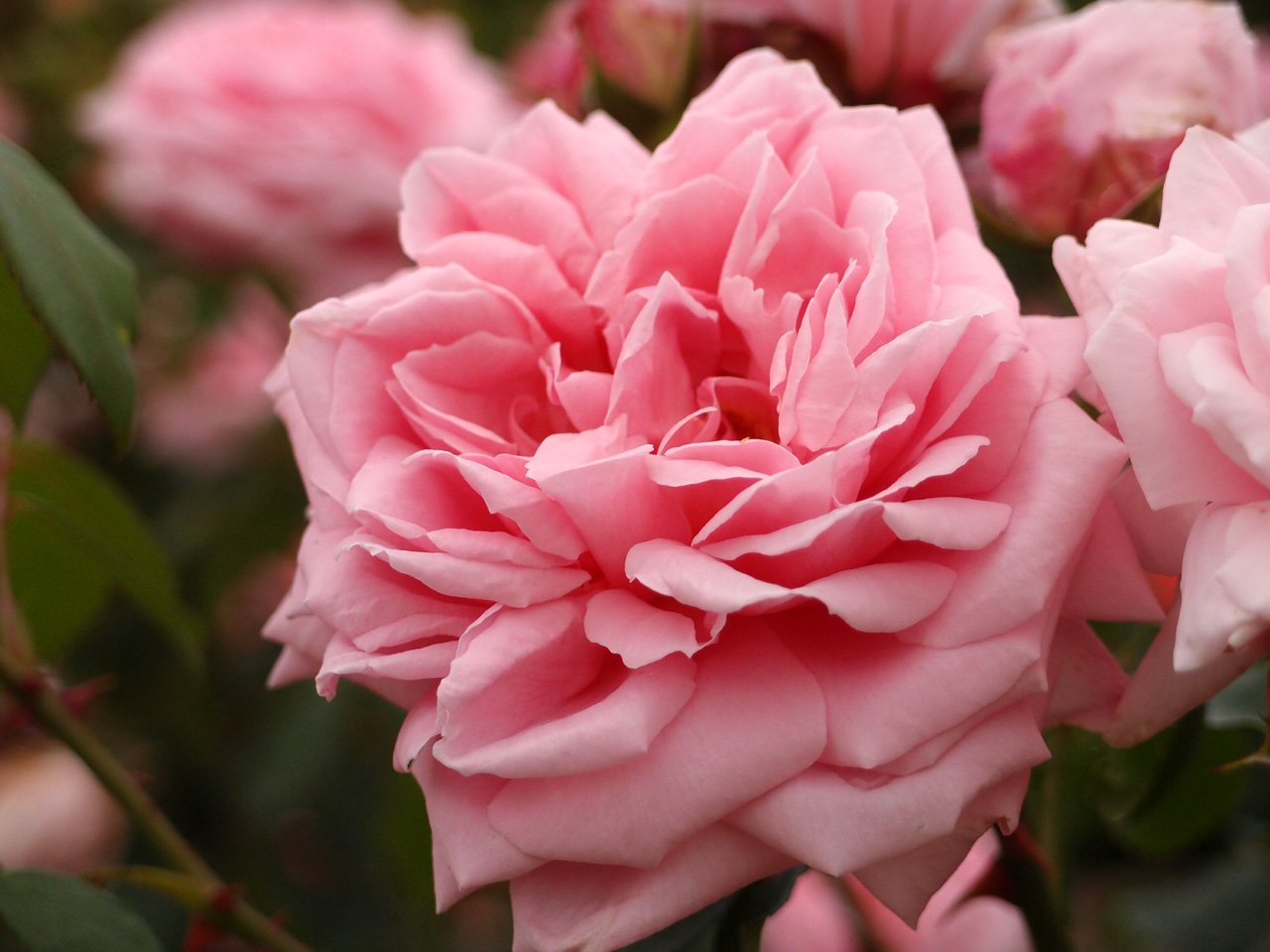
‘Pink Princess’, Brownell Family, 1839
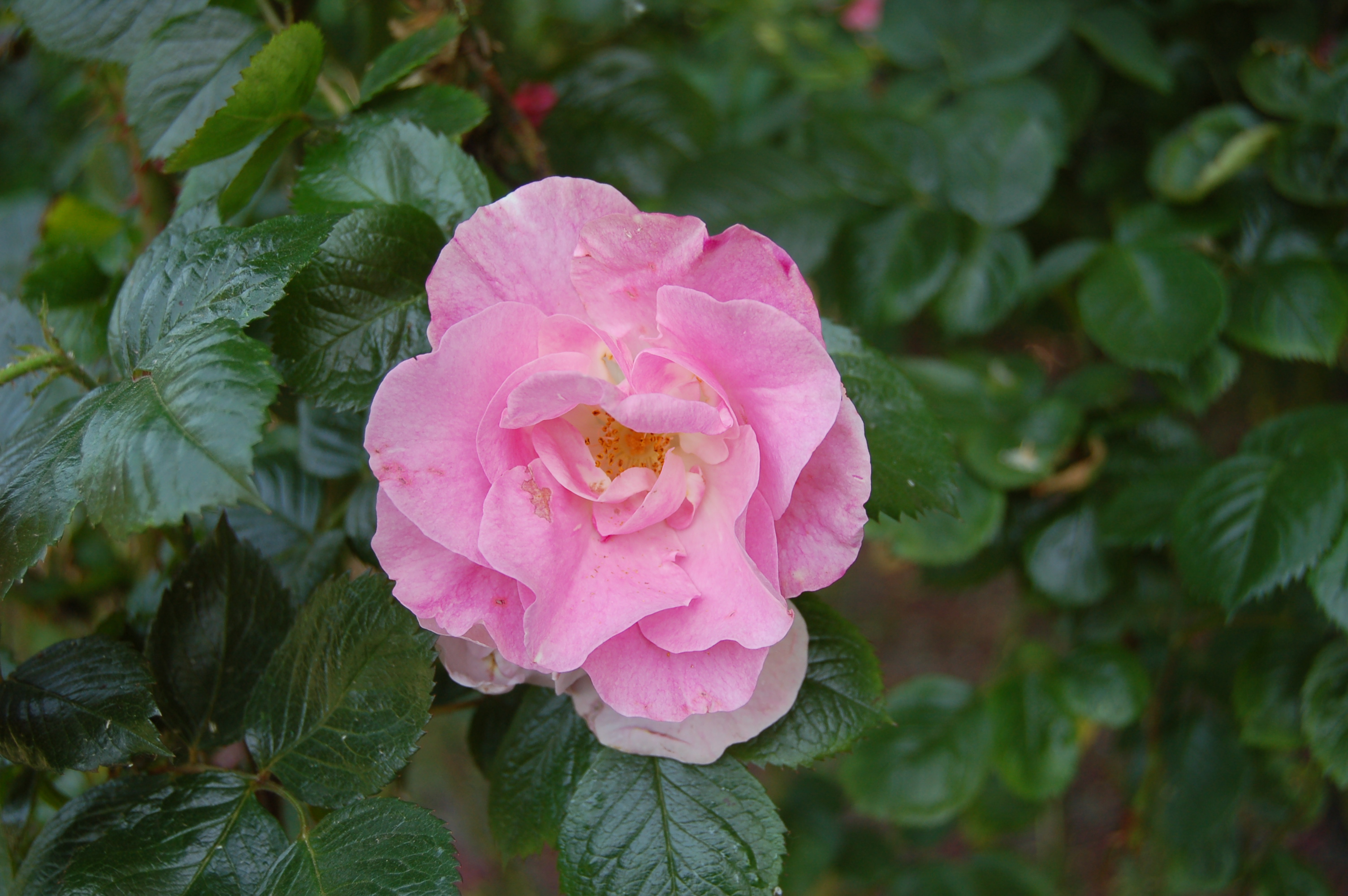
‘Pink Robusta’, Kordes, 1986
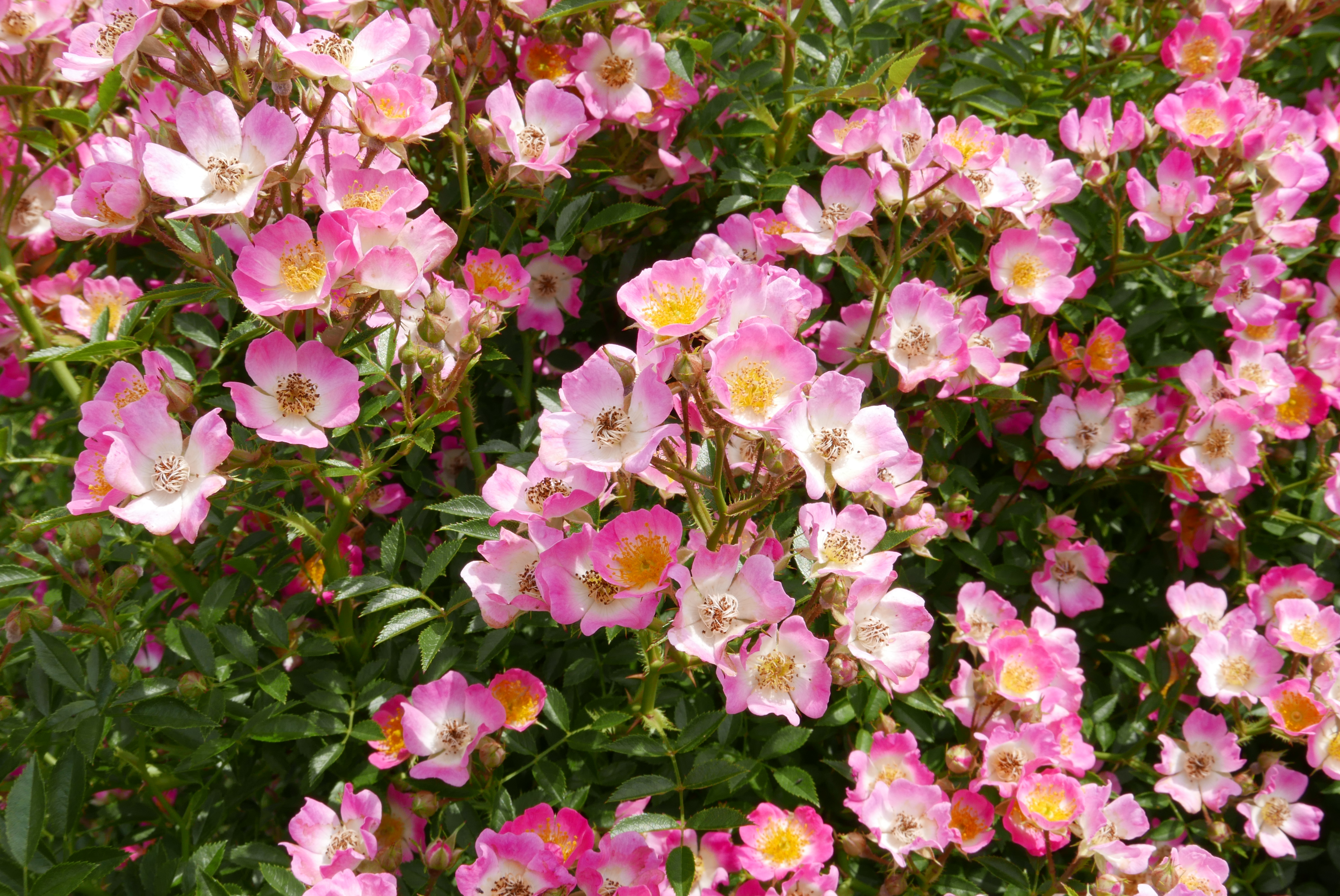
‘Pink Spray’, Lens, 1980
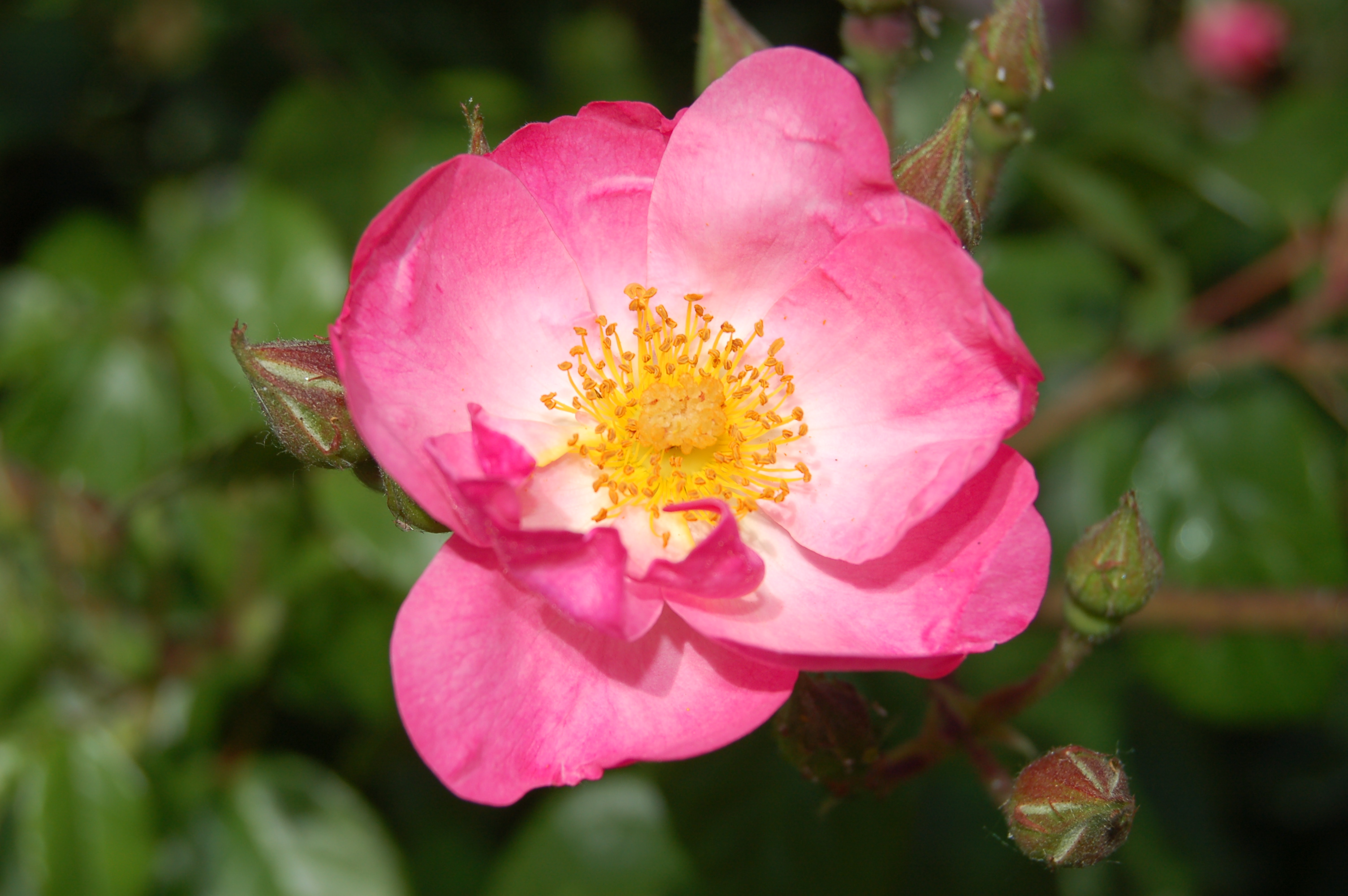
‘Pink Star’, Interplant, 1977
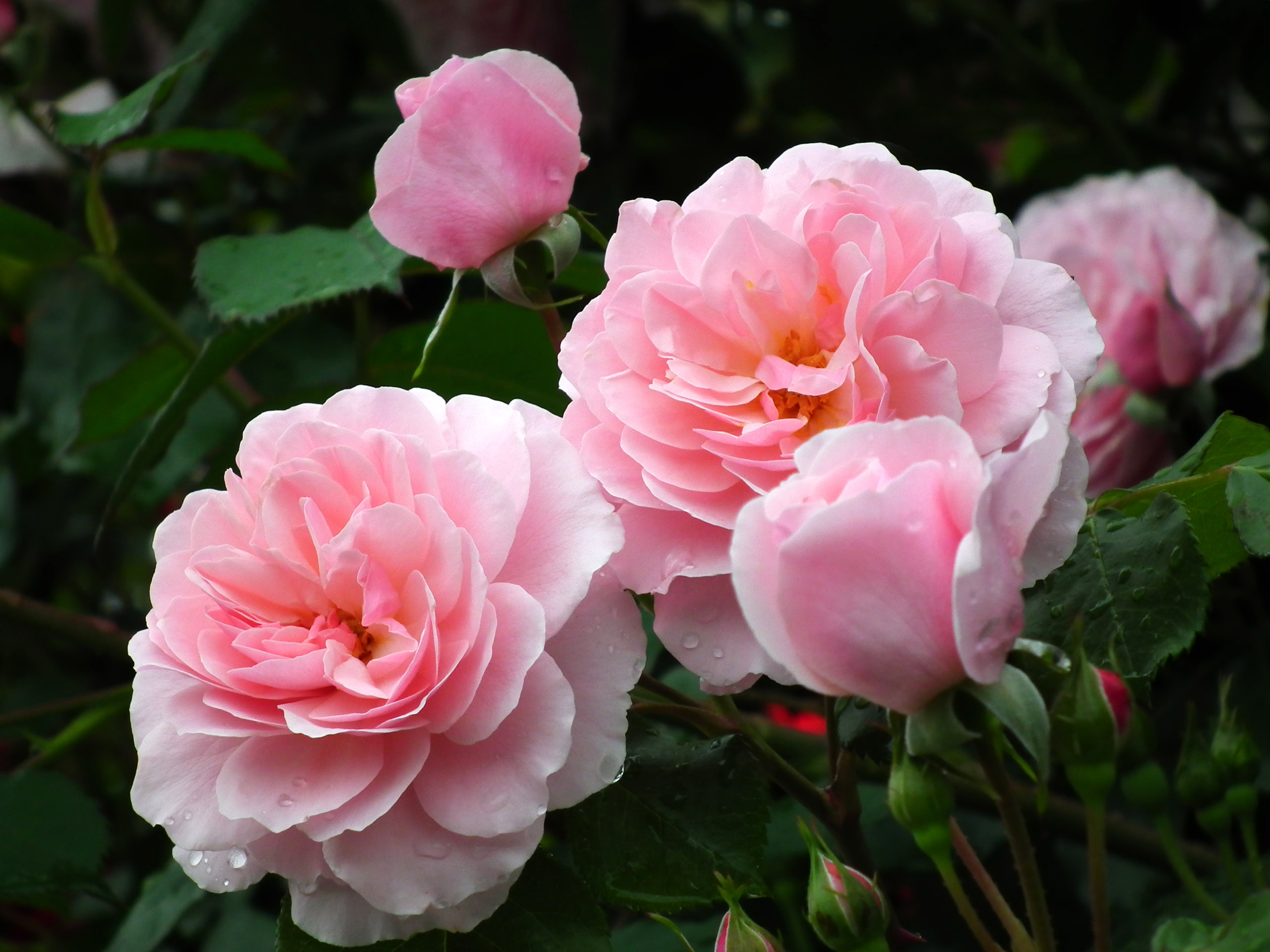
‘Pink Stream’, Kikuo Teranishi, 2002
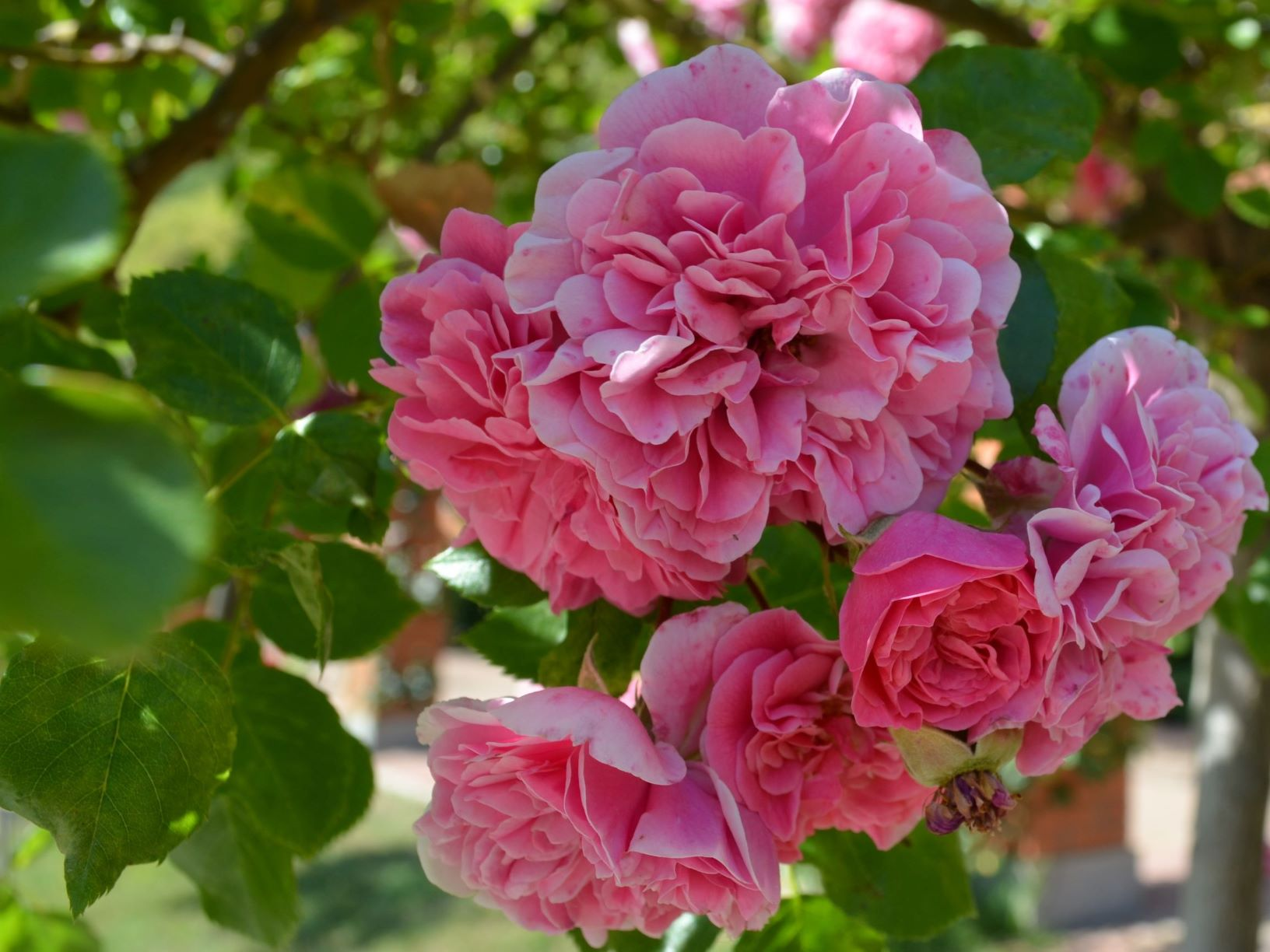
‘Pink Swany’ (oder ‘Les Quatre Saisons’), Meilland, 2003
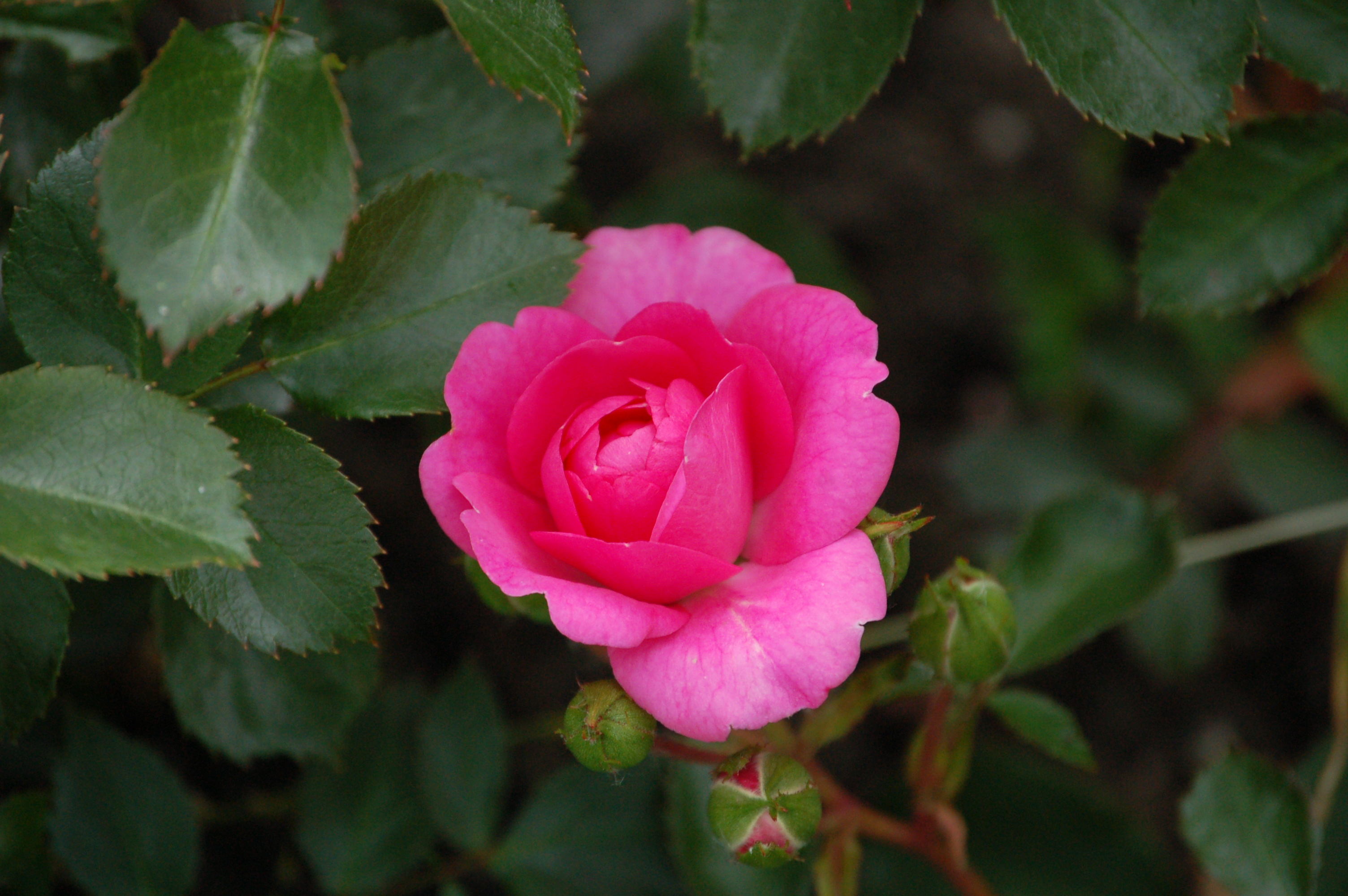
‘Pink Traumland’, Tantau, 1996
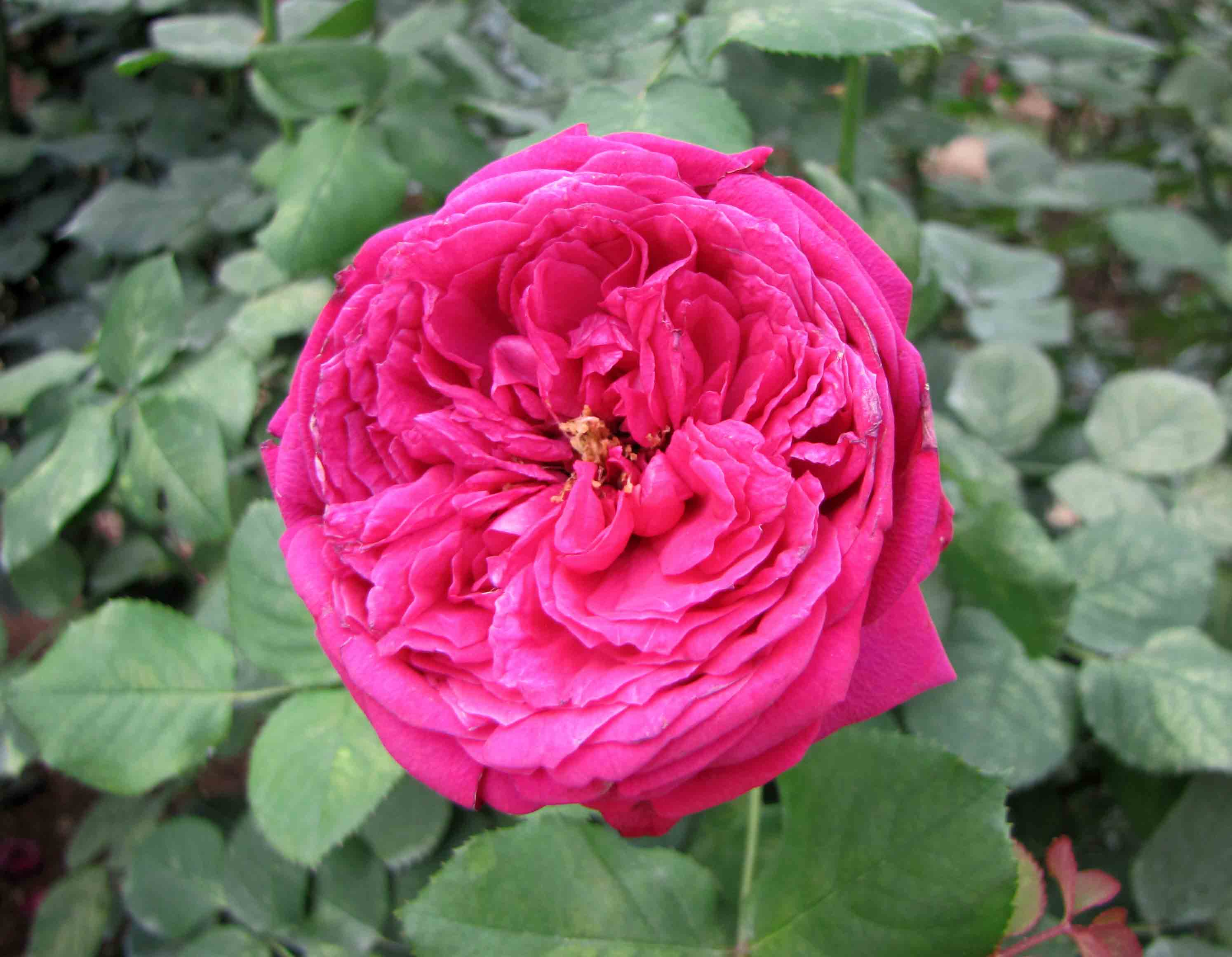
‘Pink Traviata’, Meilland, ?
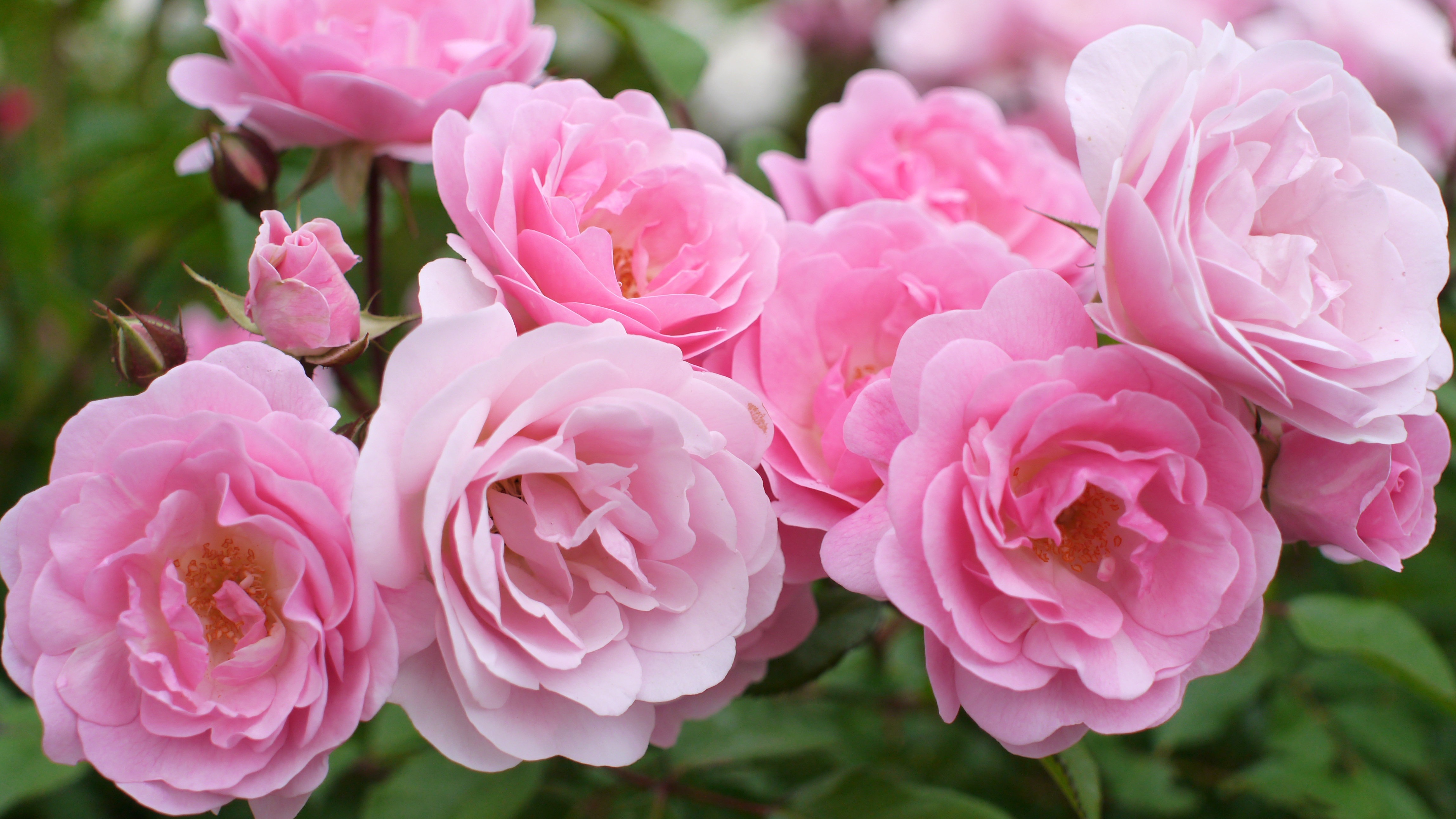
‘Pink Triumph’, Hassefras, vor 1951
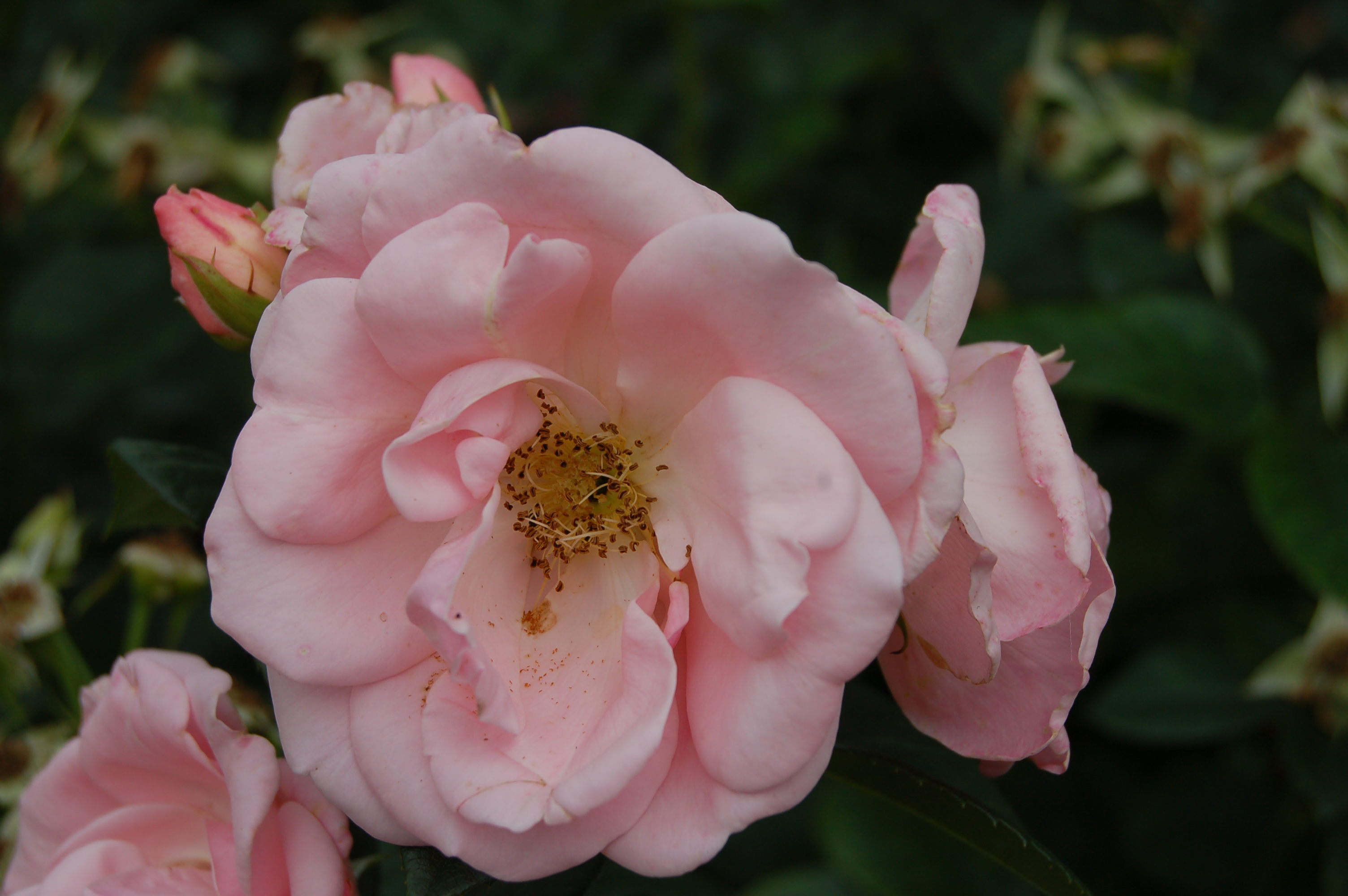
‘Pippi Långstrump’, Poulsen, 1989
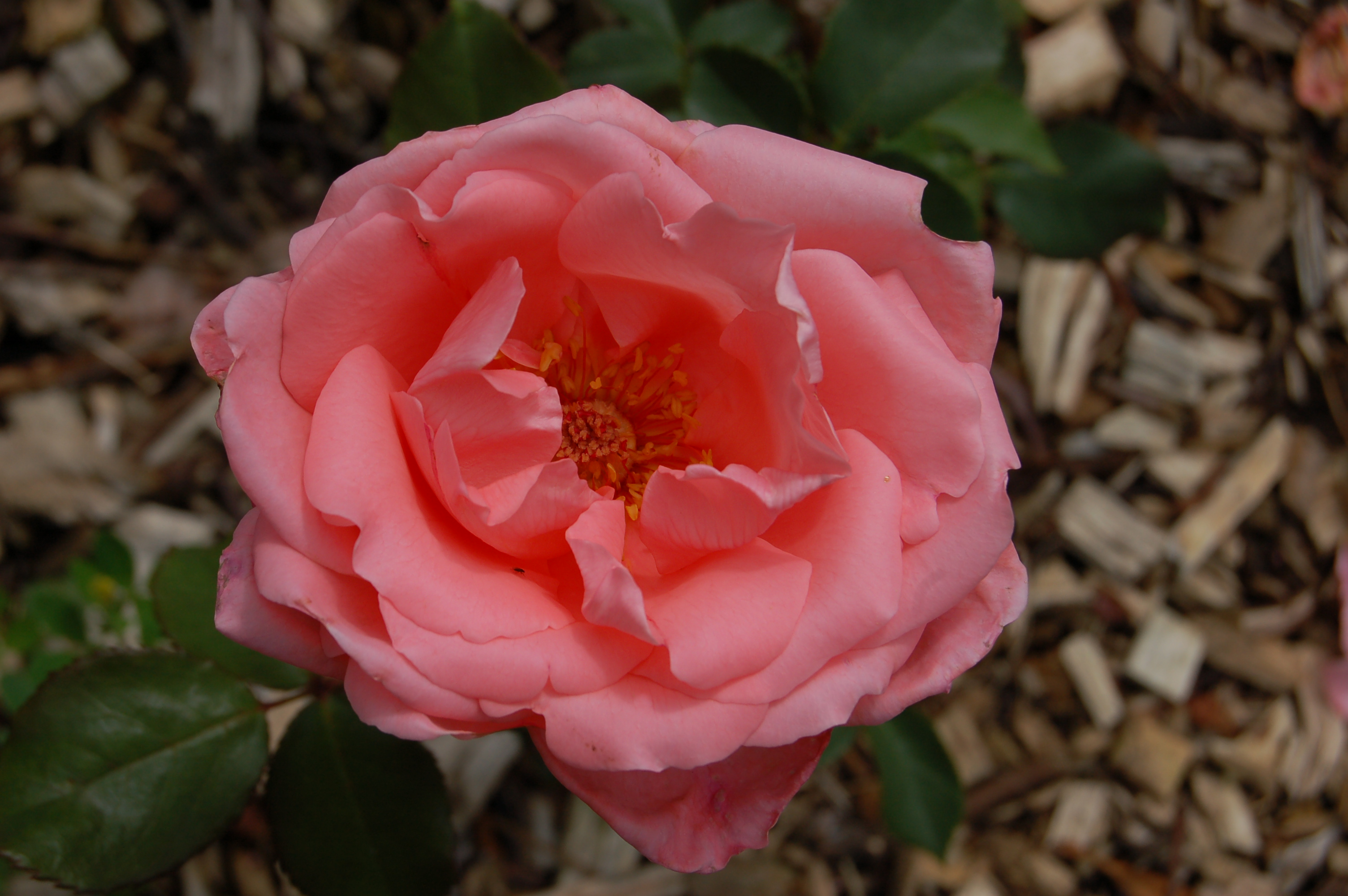
‘Piroschka’, M. Tantau jun., 1972
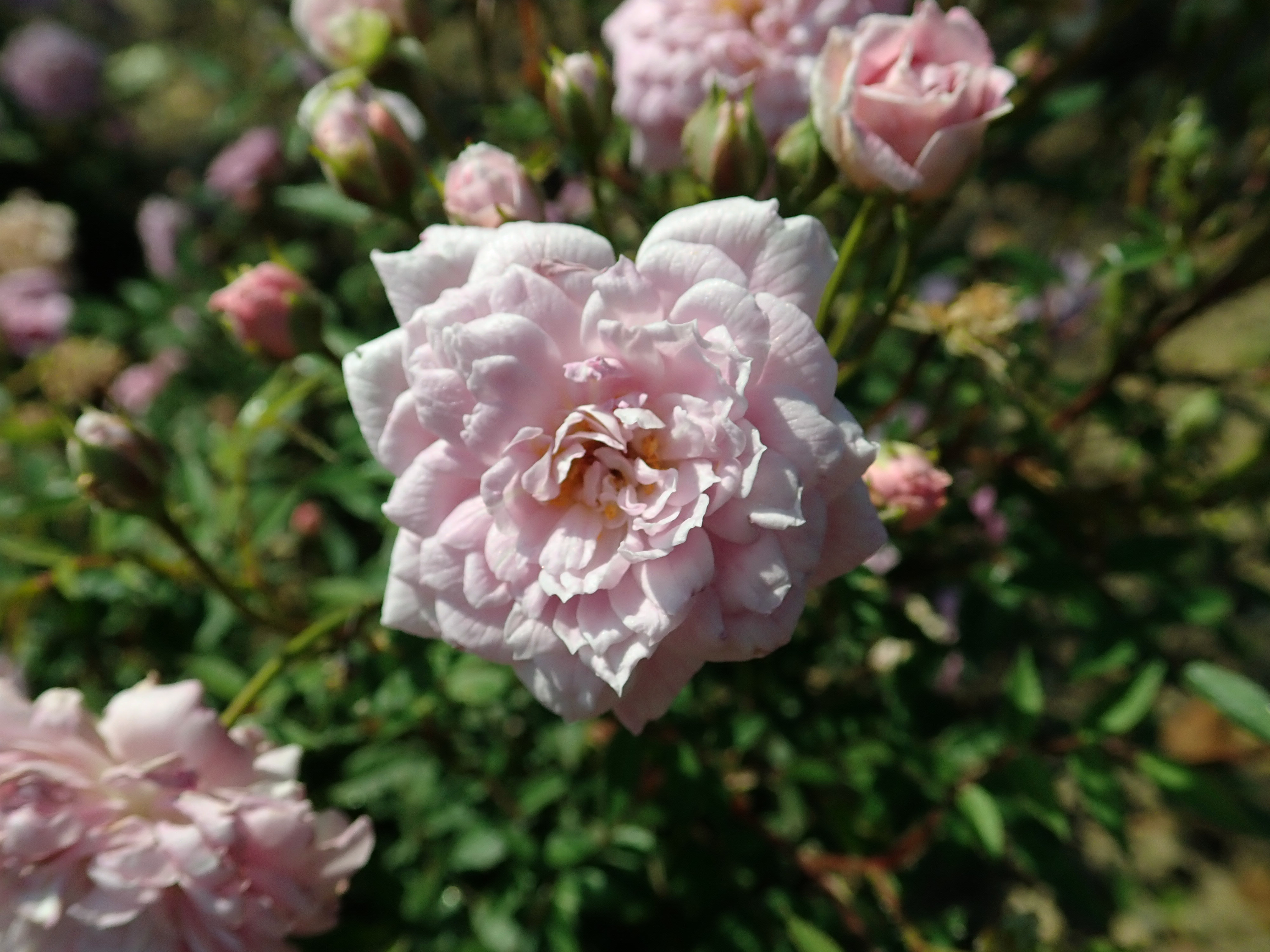
‘Pixie’, Jan De Vink, vor 1940
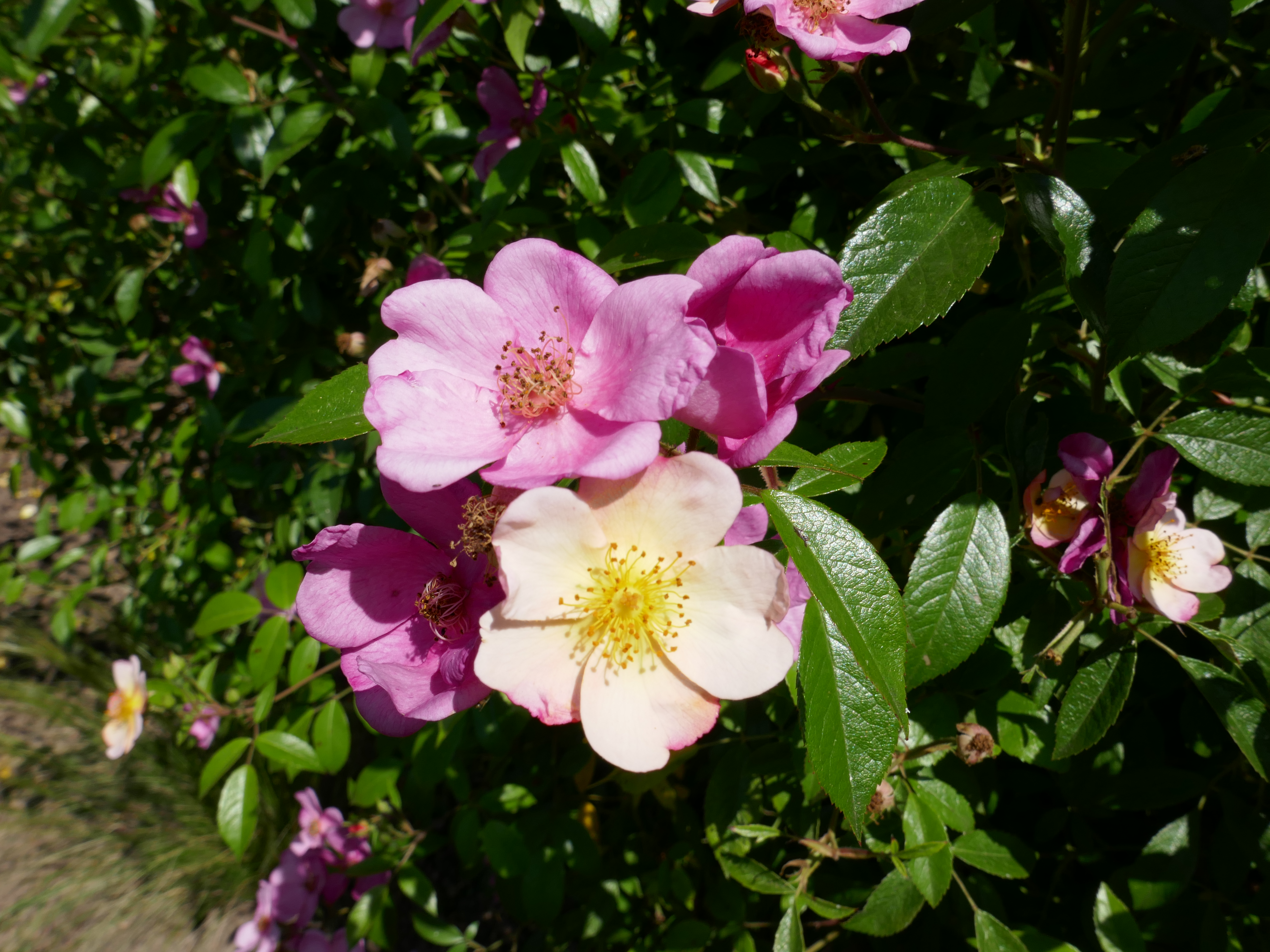
‘Plaisanterie’, Lens, 1996
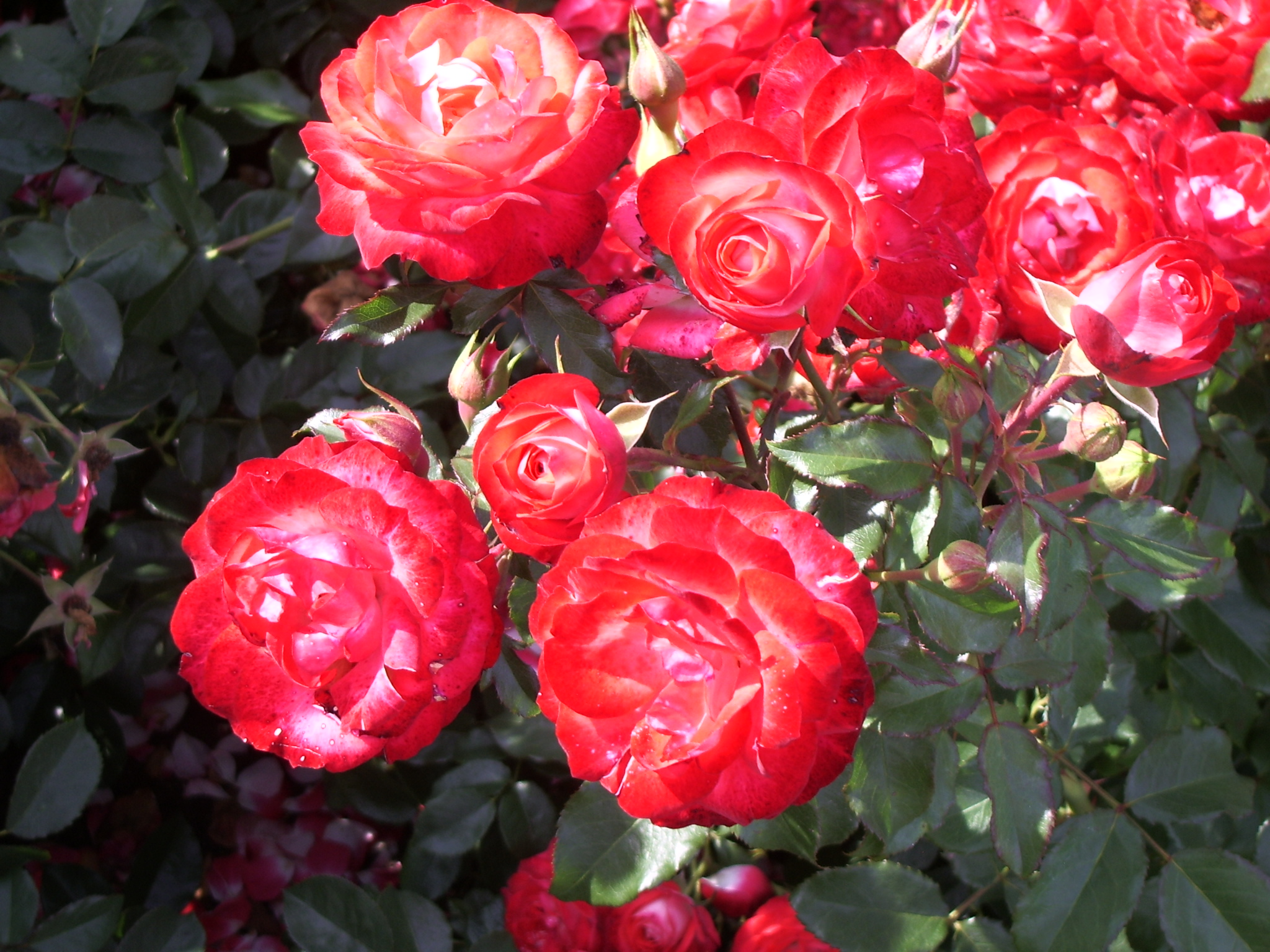
‘Planten un Blomen’, Kordes, 2008
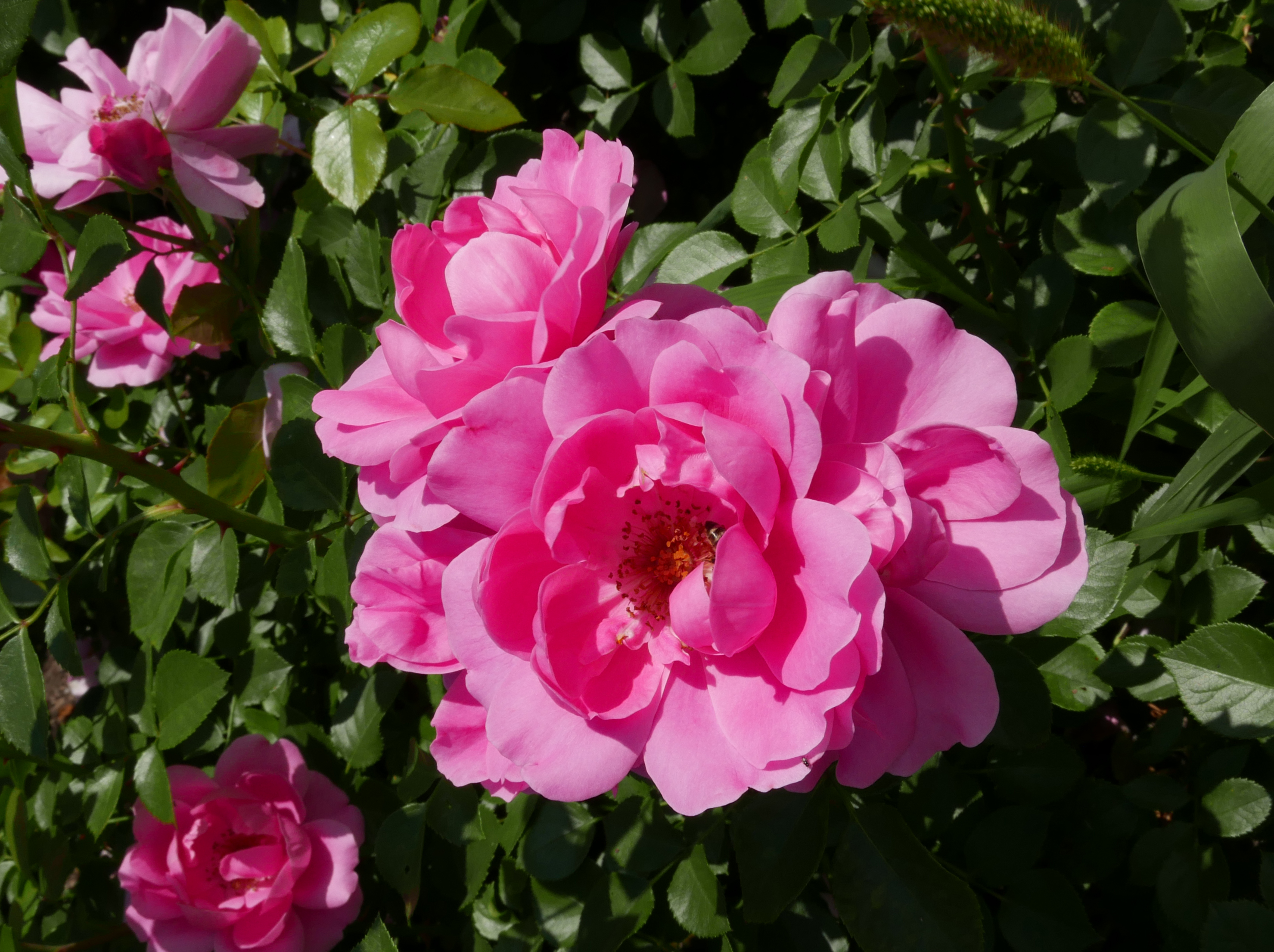
‘Play Rose’, Meilland, 1989
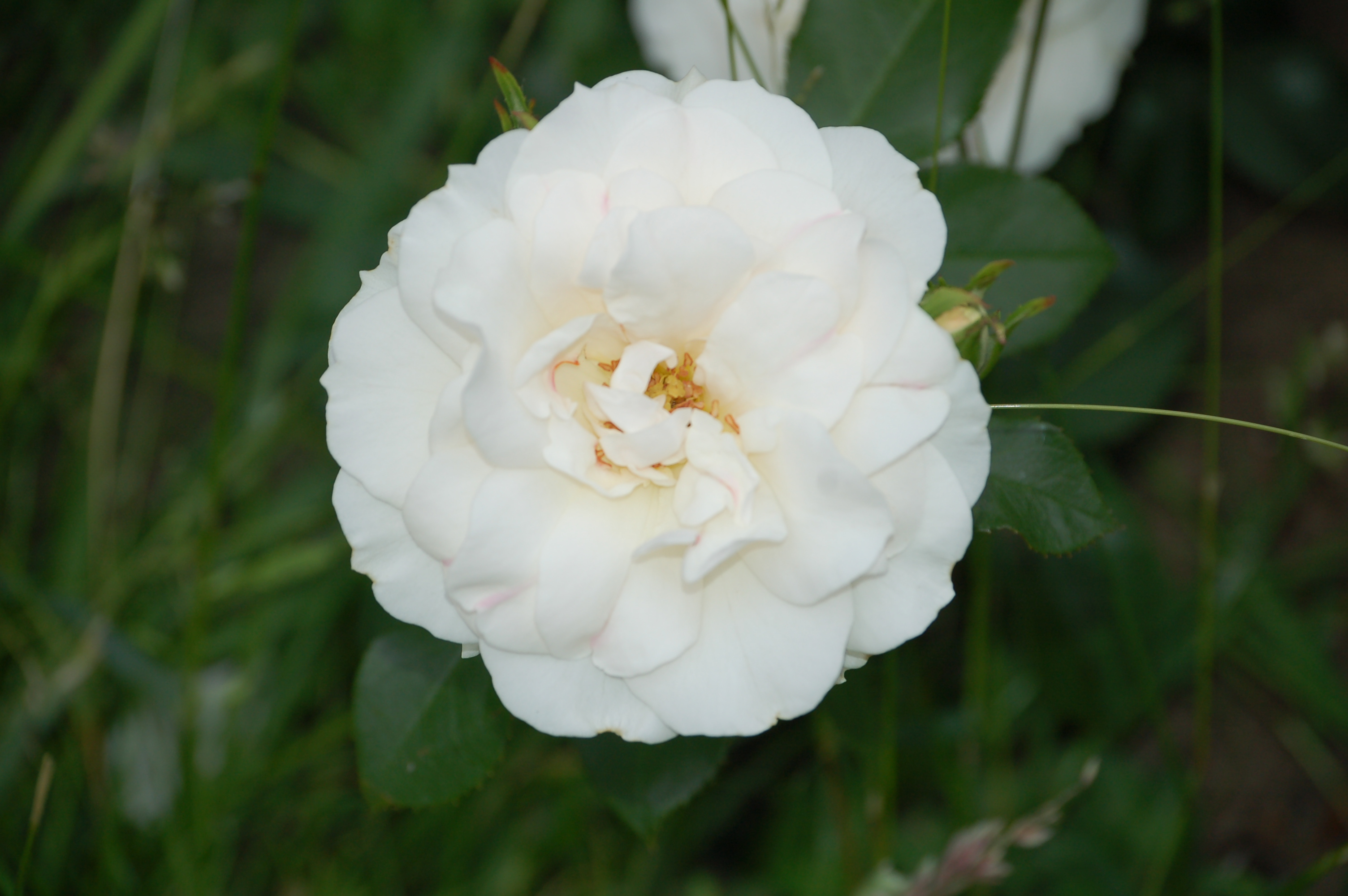
‘Plöner Prinzenhaus’, Meilland, 2003
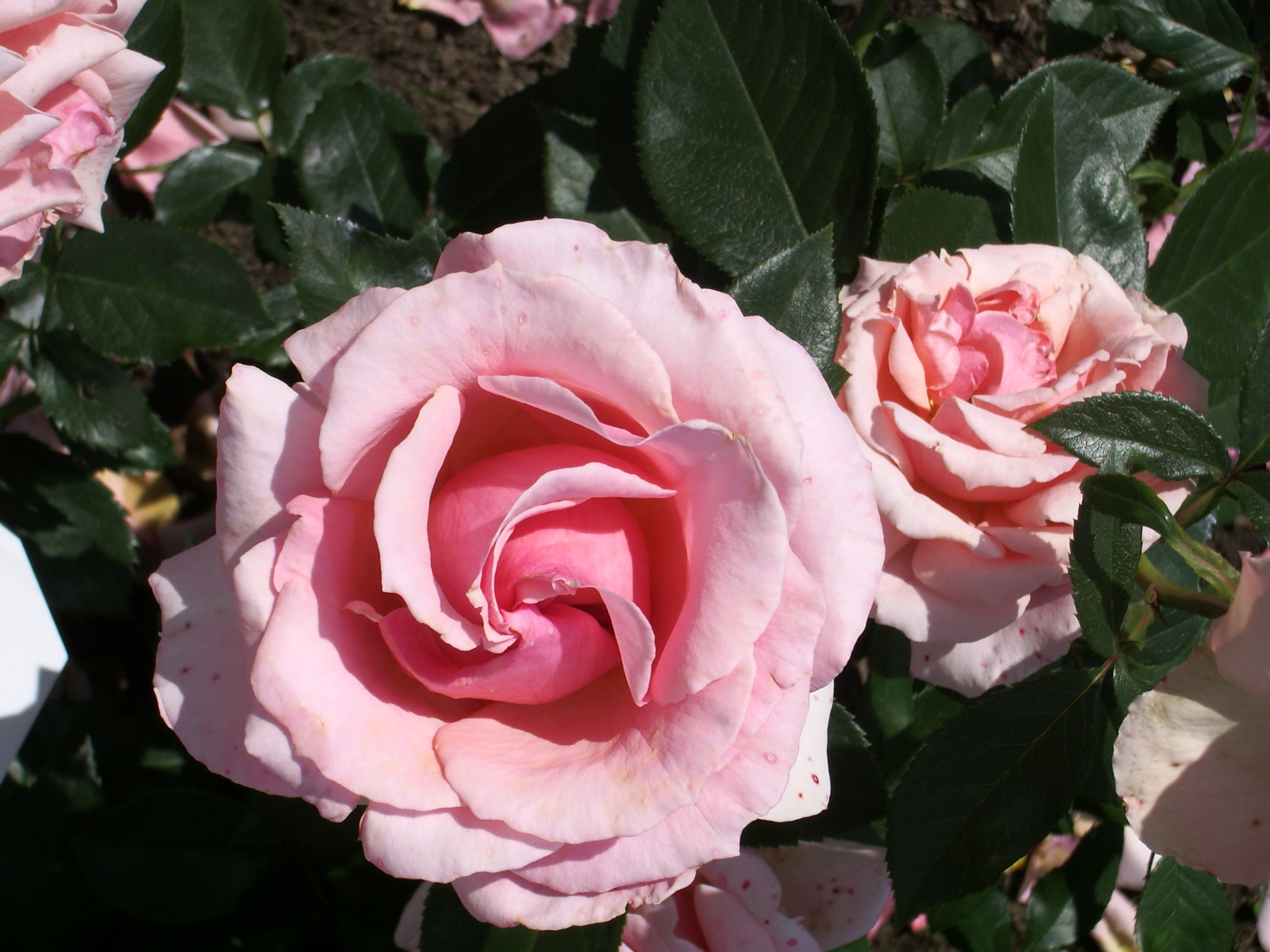
‘Poesie’, Jackson & Perkins, 1988
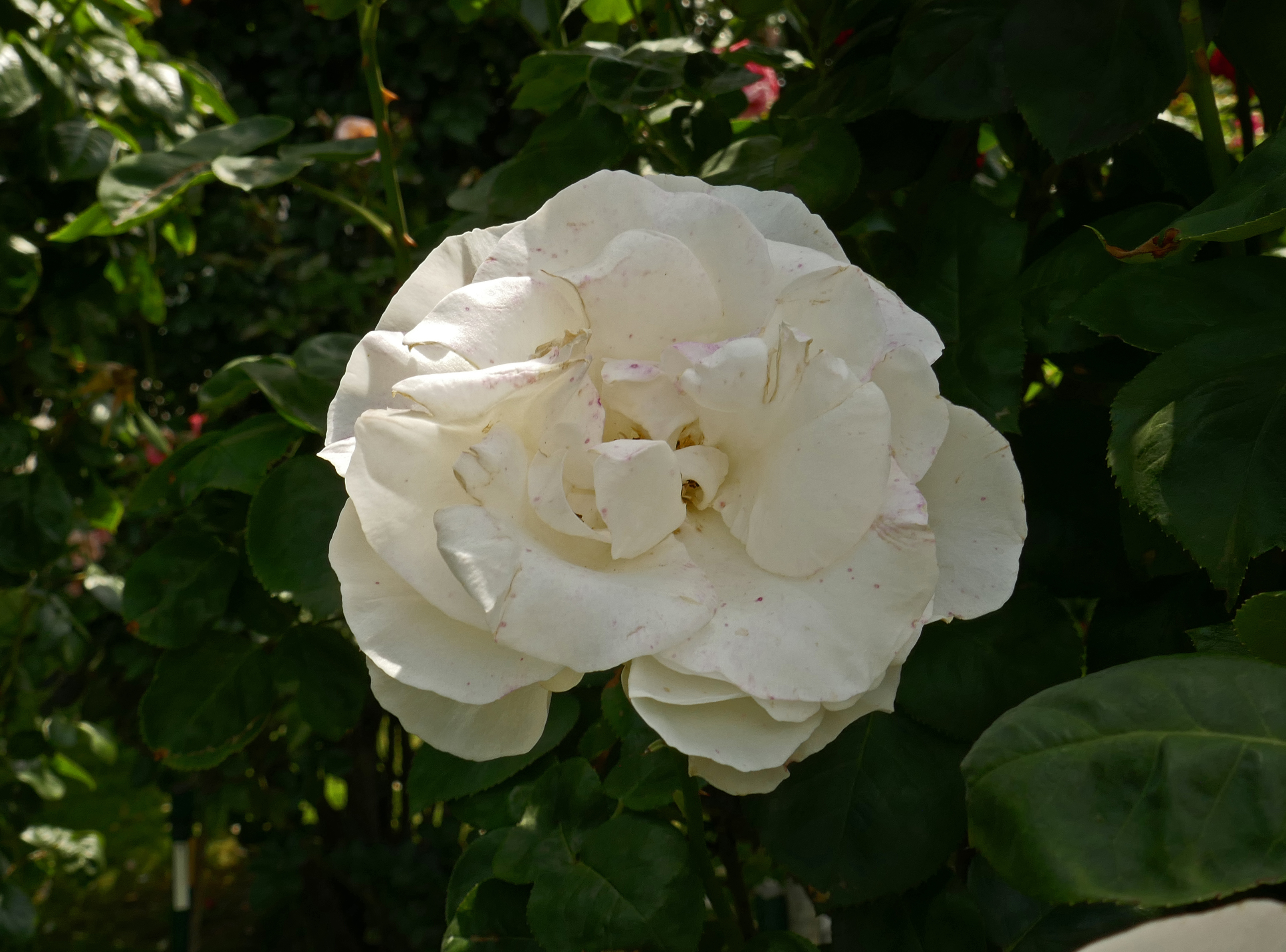
‘Poker’, Meilland, 1998
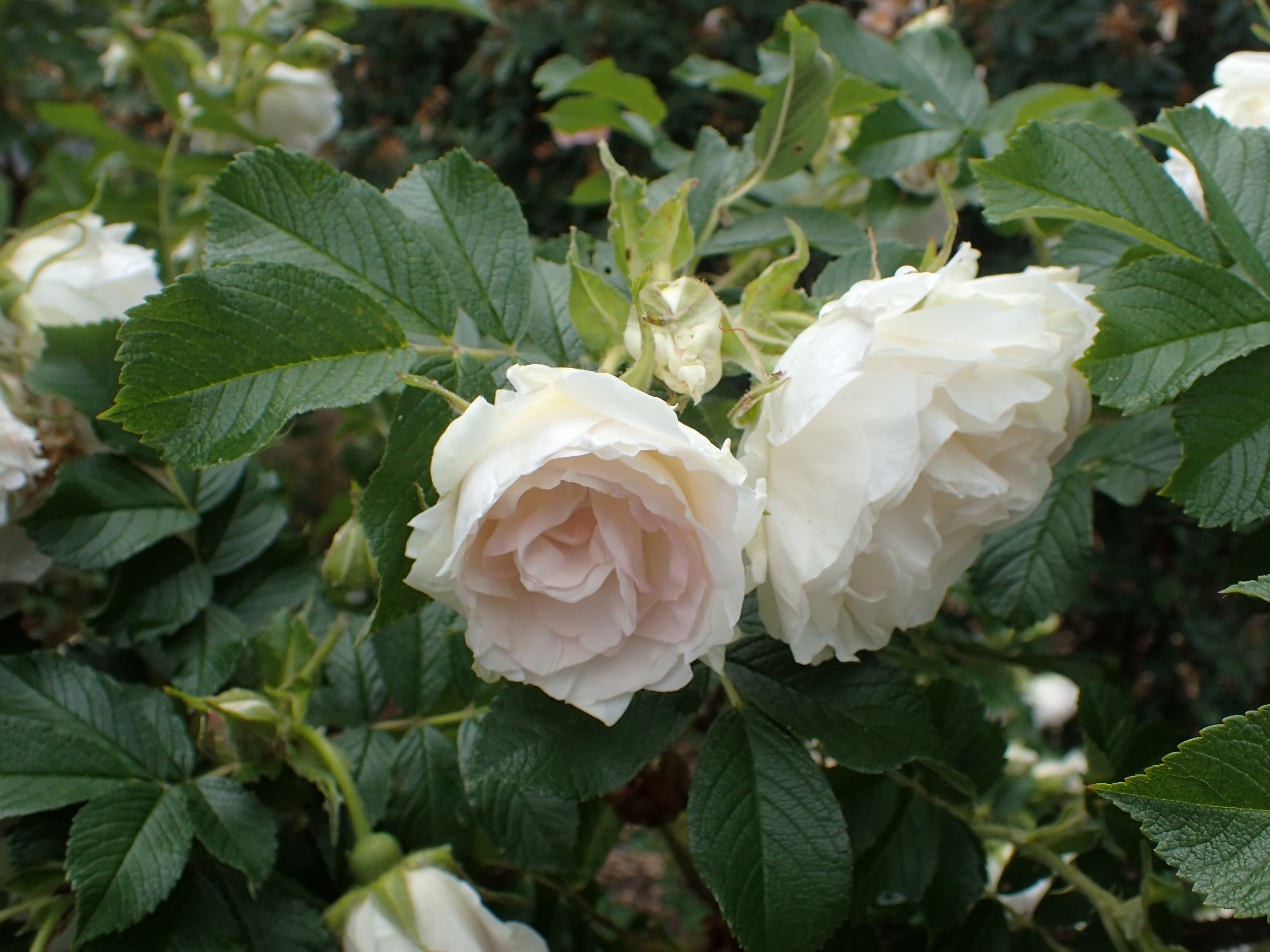
‘Polareis’, Meilland, 1991
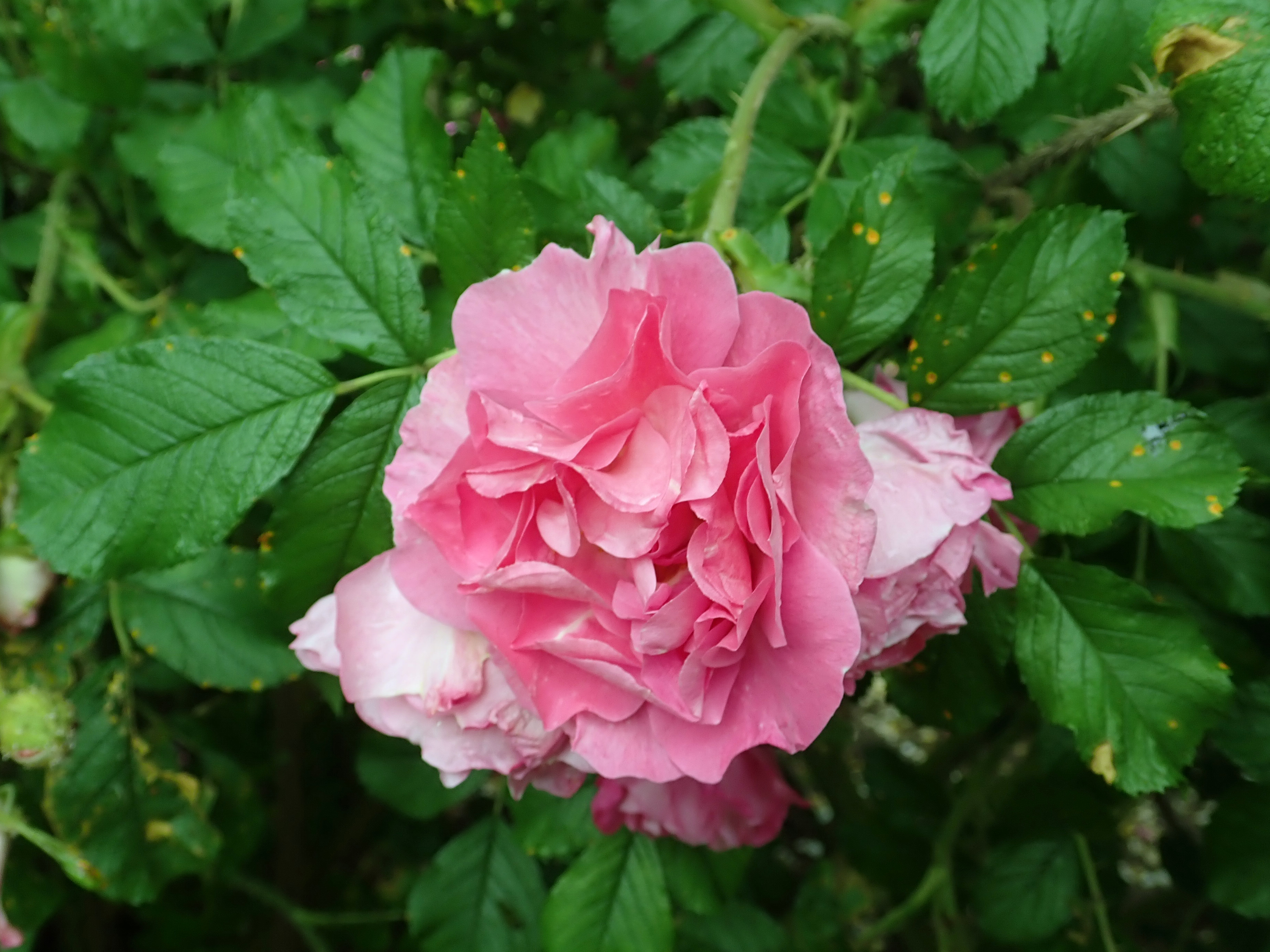
‘Polarsonne’, Strobel & Comp, 1991
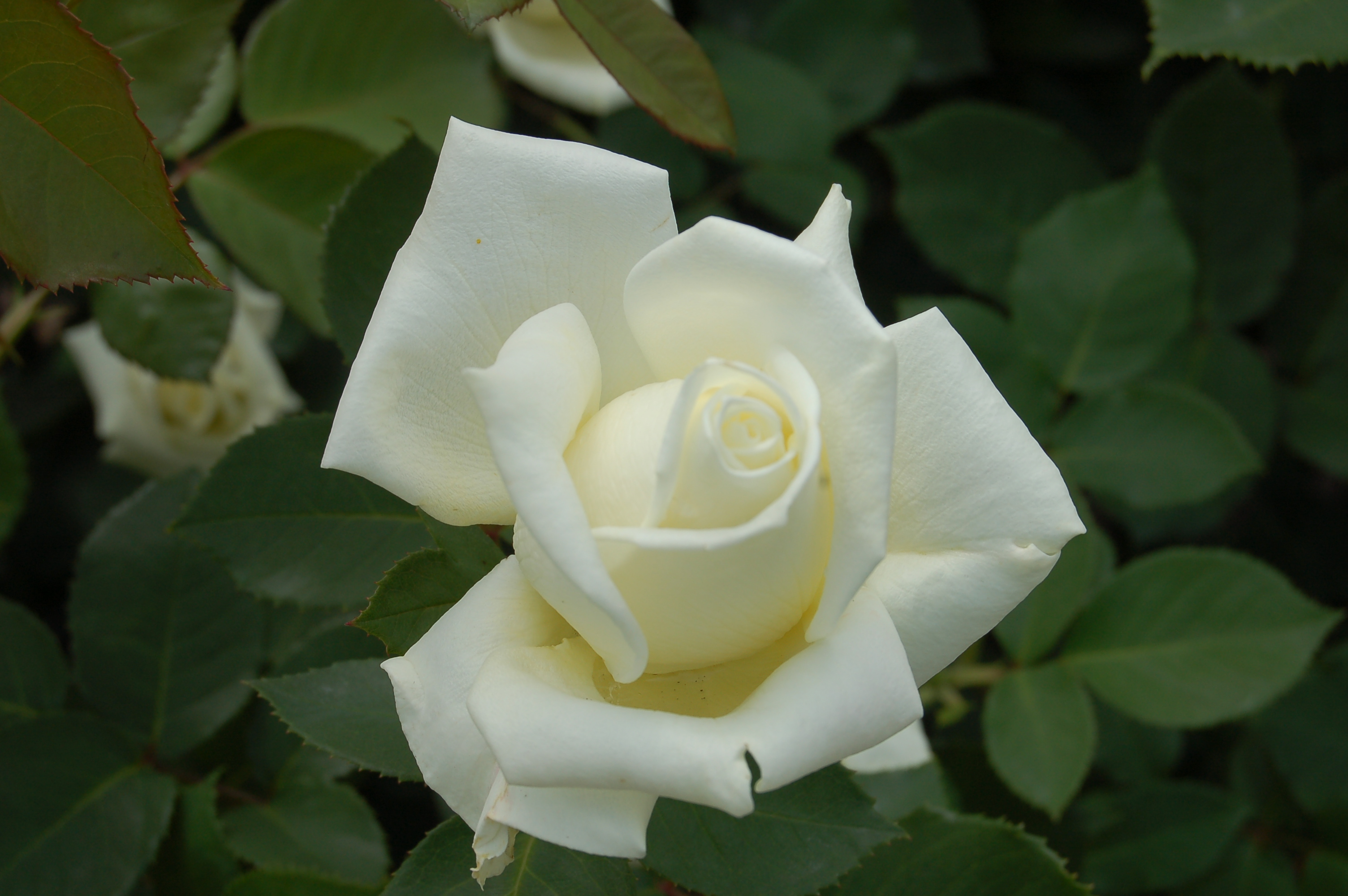
Polarstern, Tantau, 1982
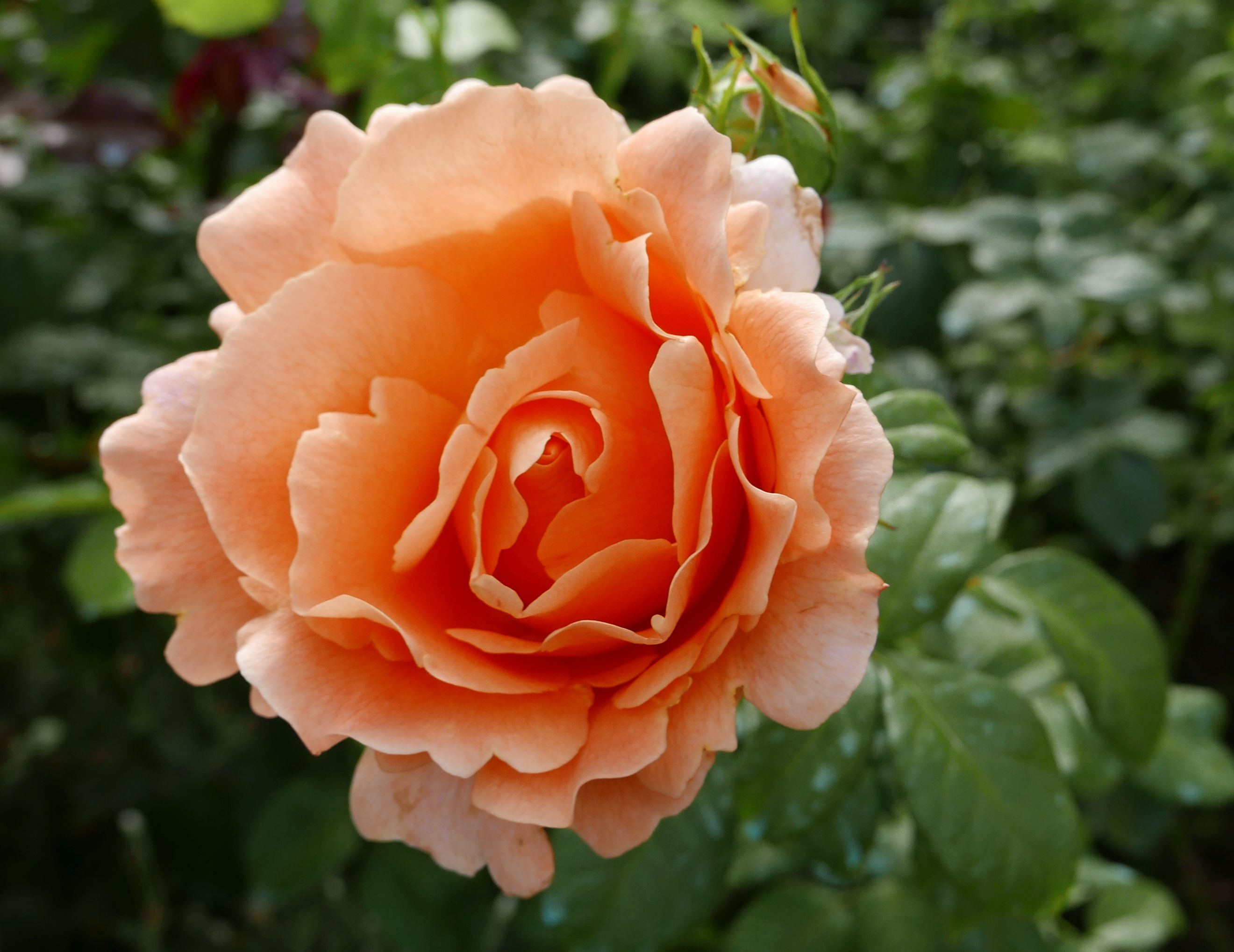
‘Polka’, Meilland, 1991
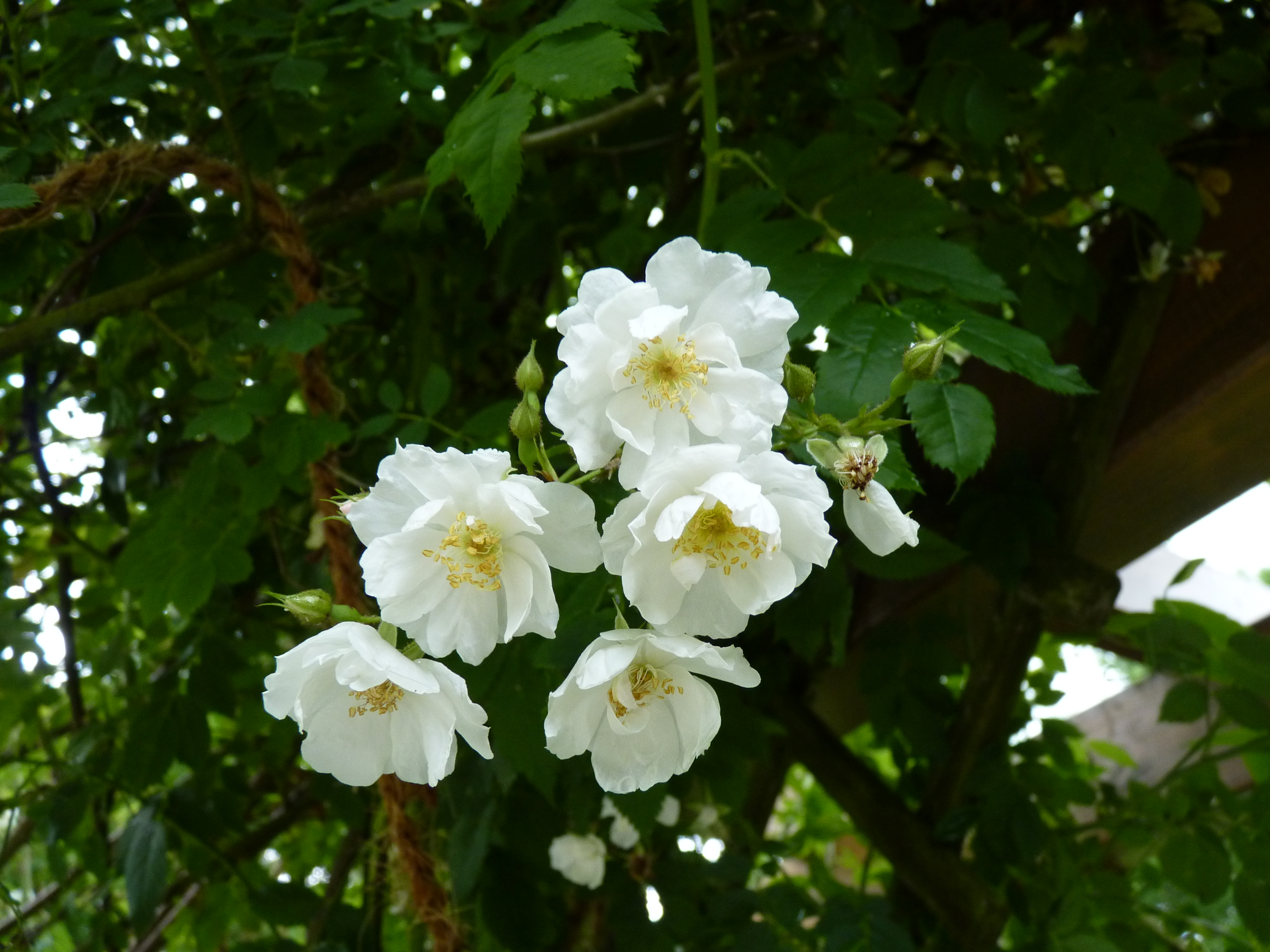
‘Polstjärnan’, Wasastjärna, 1937
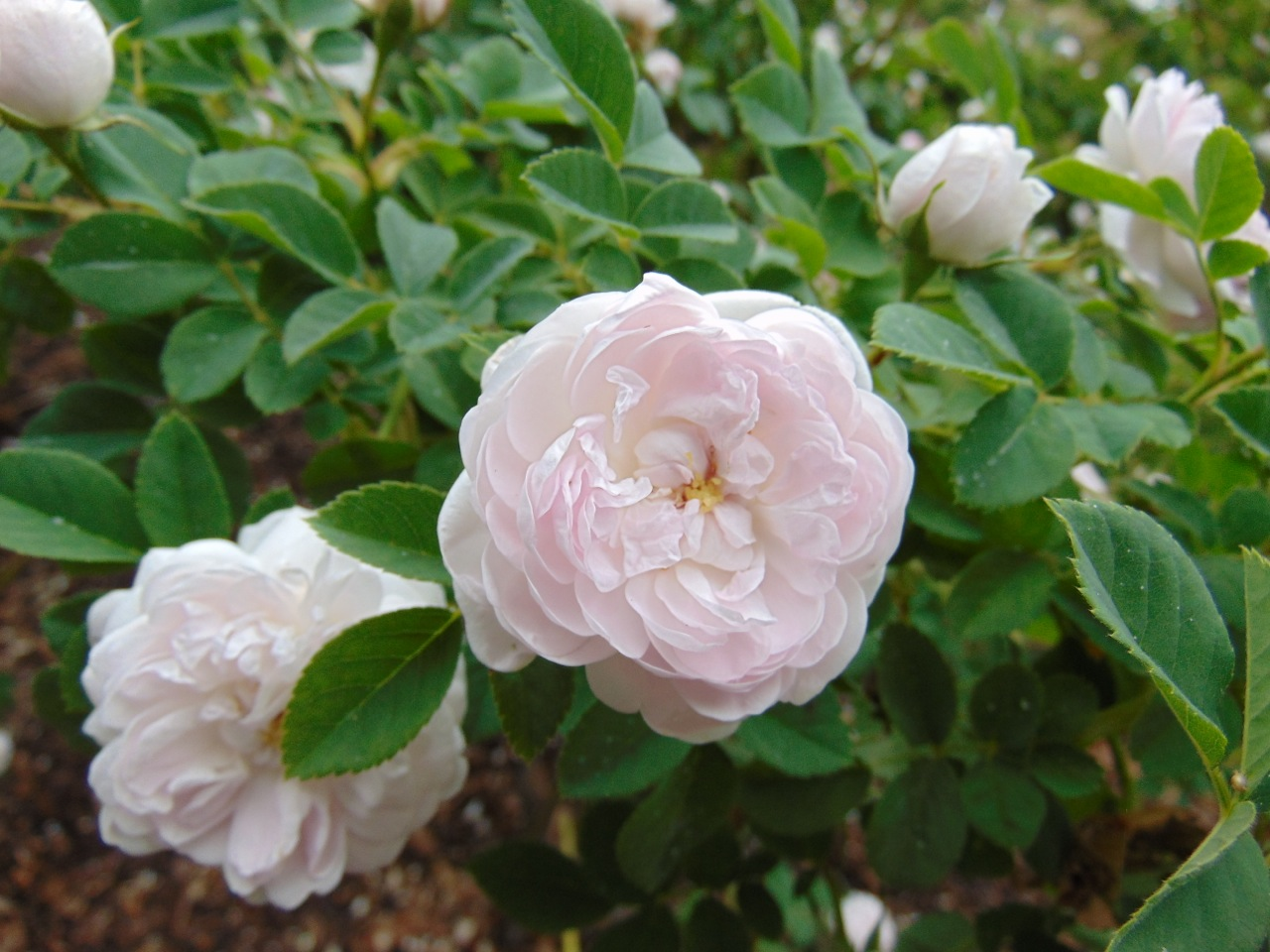
‘Pompon Blanc Parfait’, Eugène Verdier, 1876
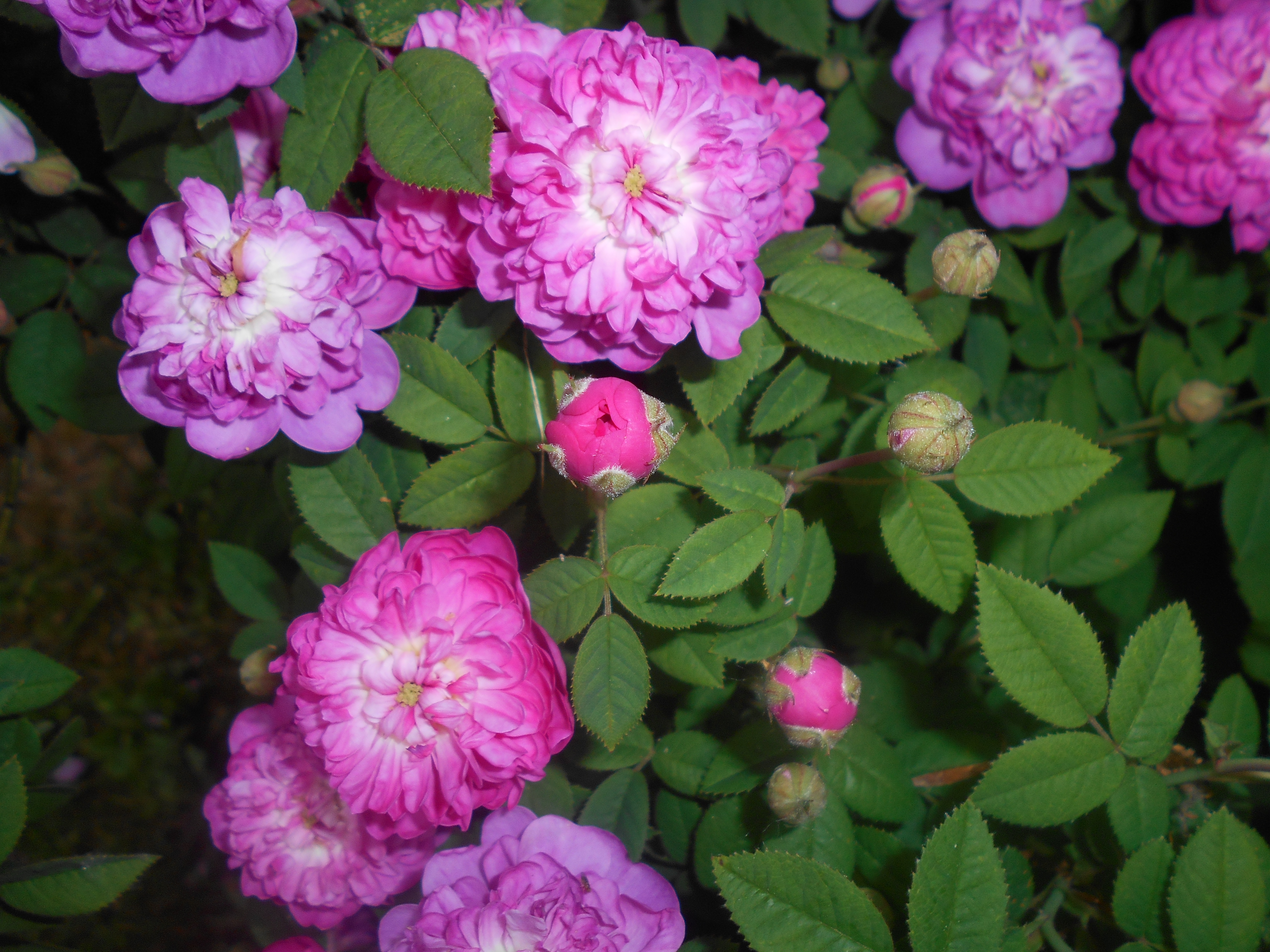
‘Pompon de Bourgogne’, gefunden in Dijon, vor 1664
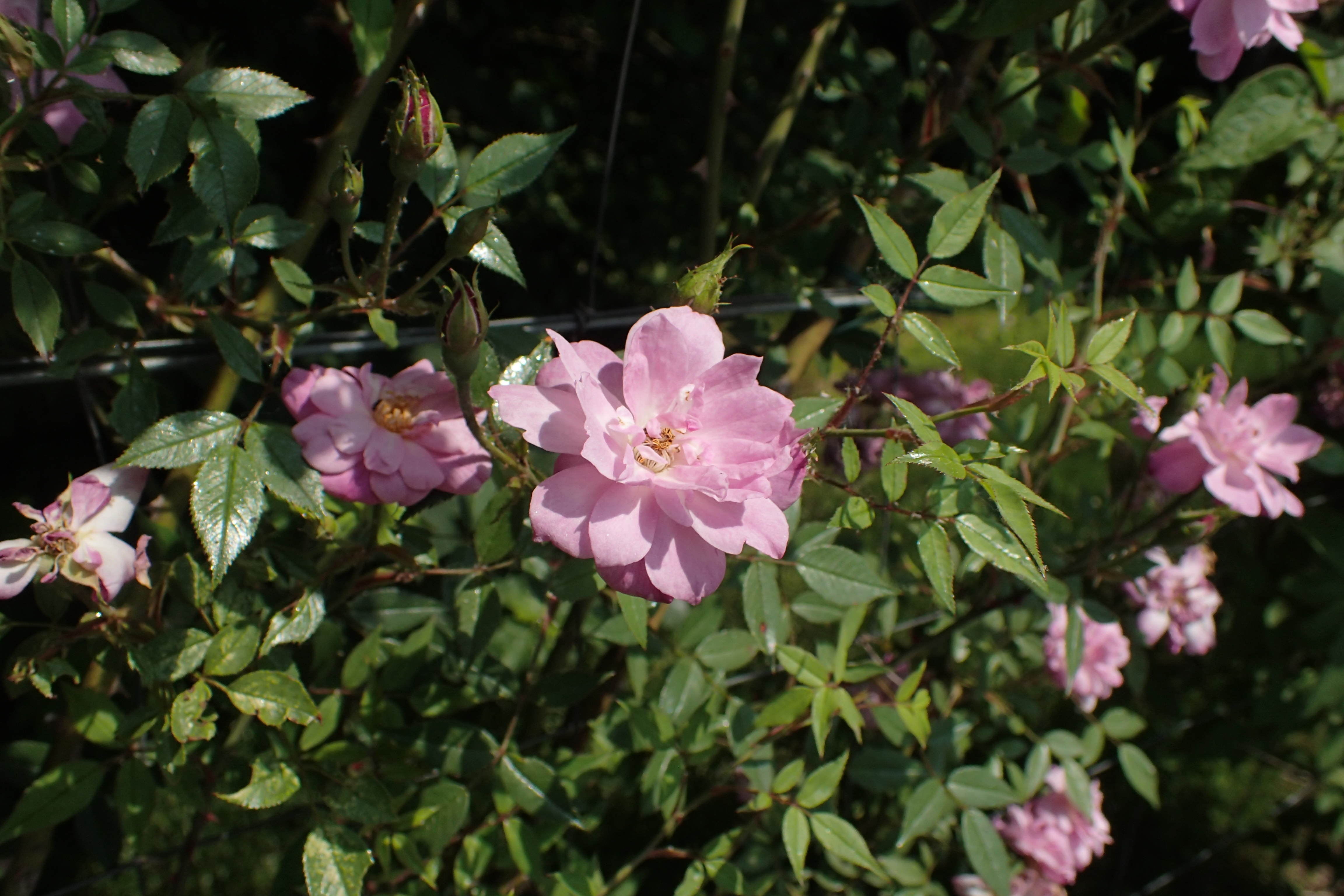
‘Pompon de Paris’, ?, 1839
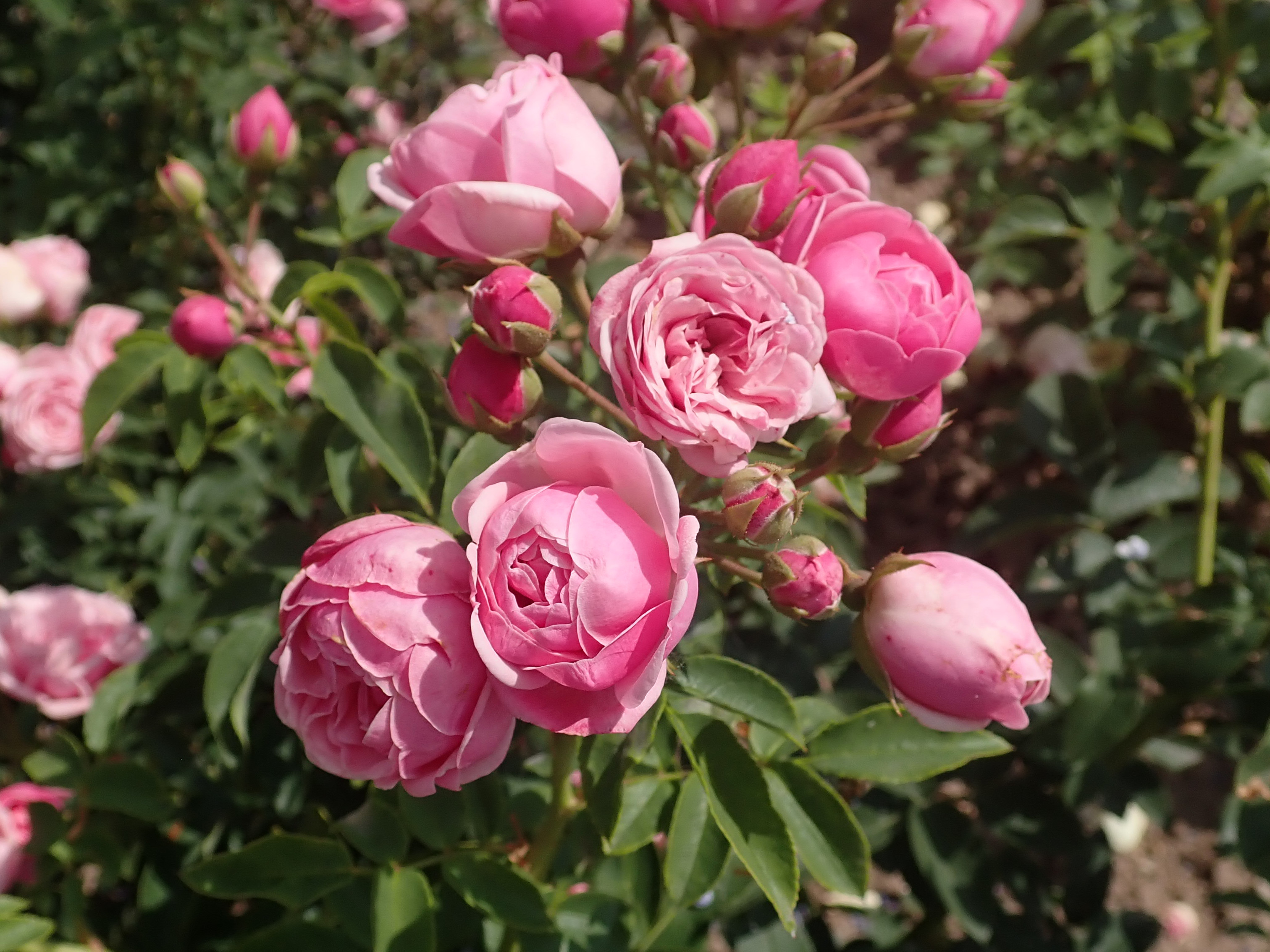
‘Pompon Diadem’, Tantau, 1984
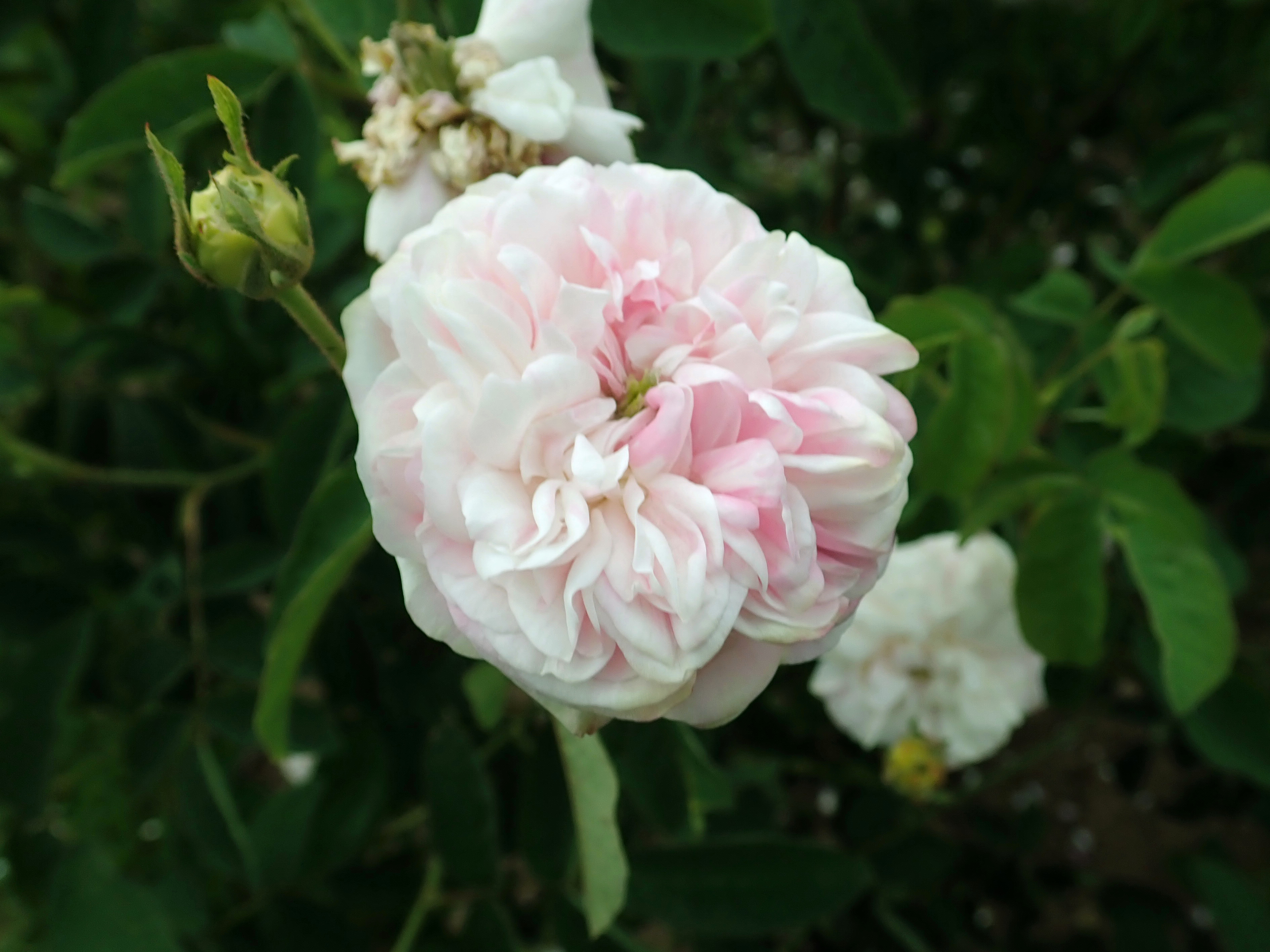
‘Pompon Panachée’, Robert & Moreau, 1858
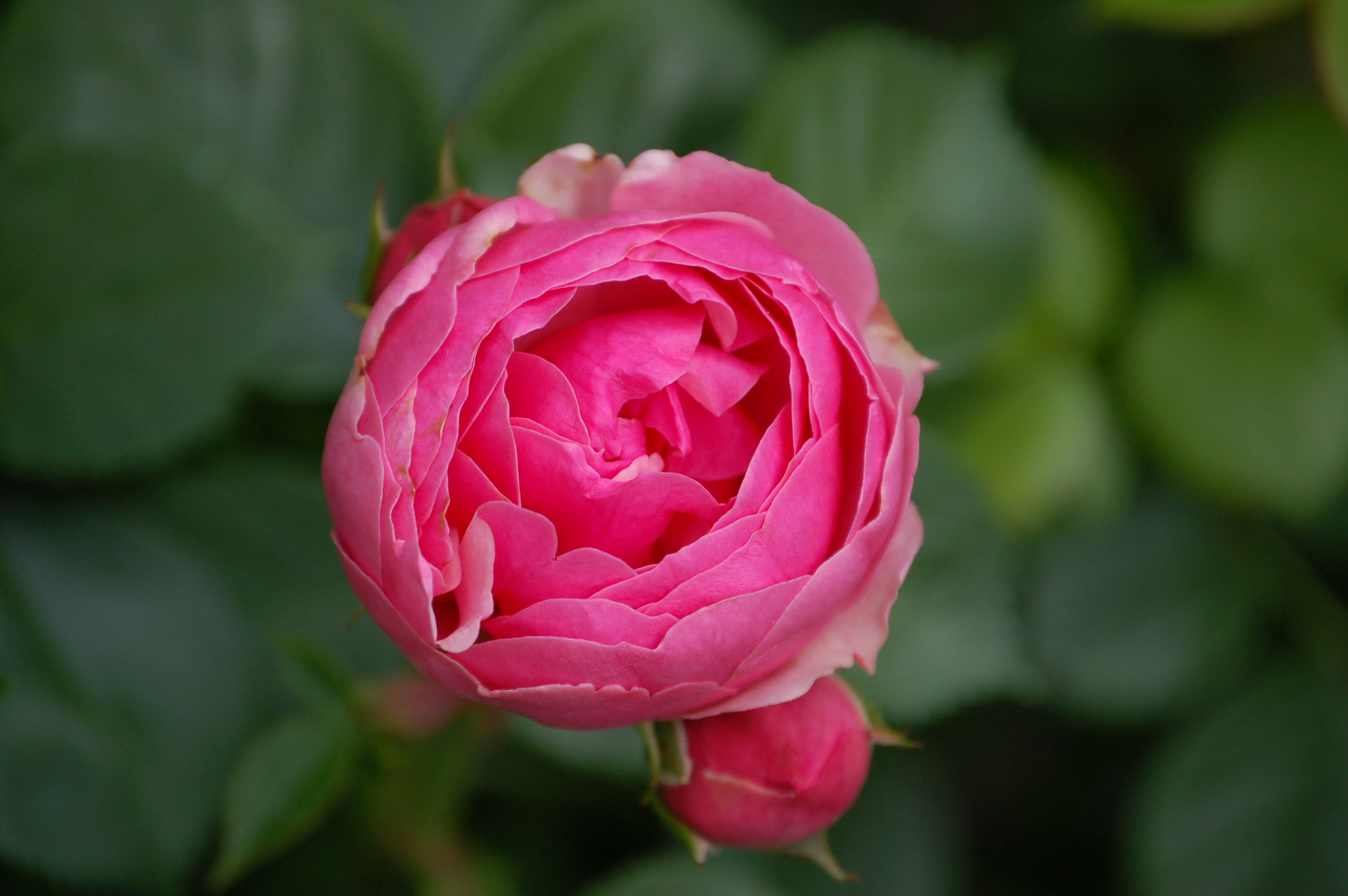
‘Pomponella’, Kordes, 2005
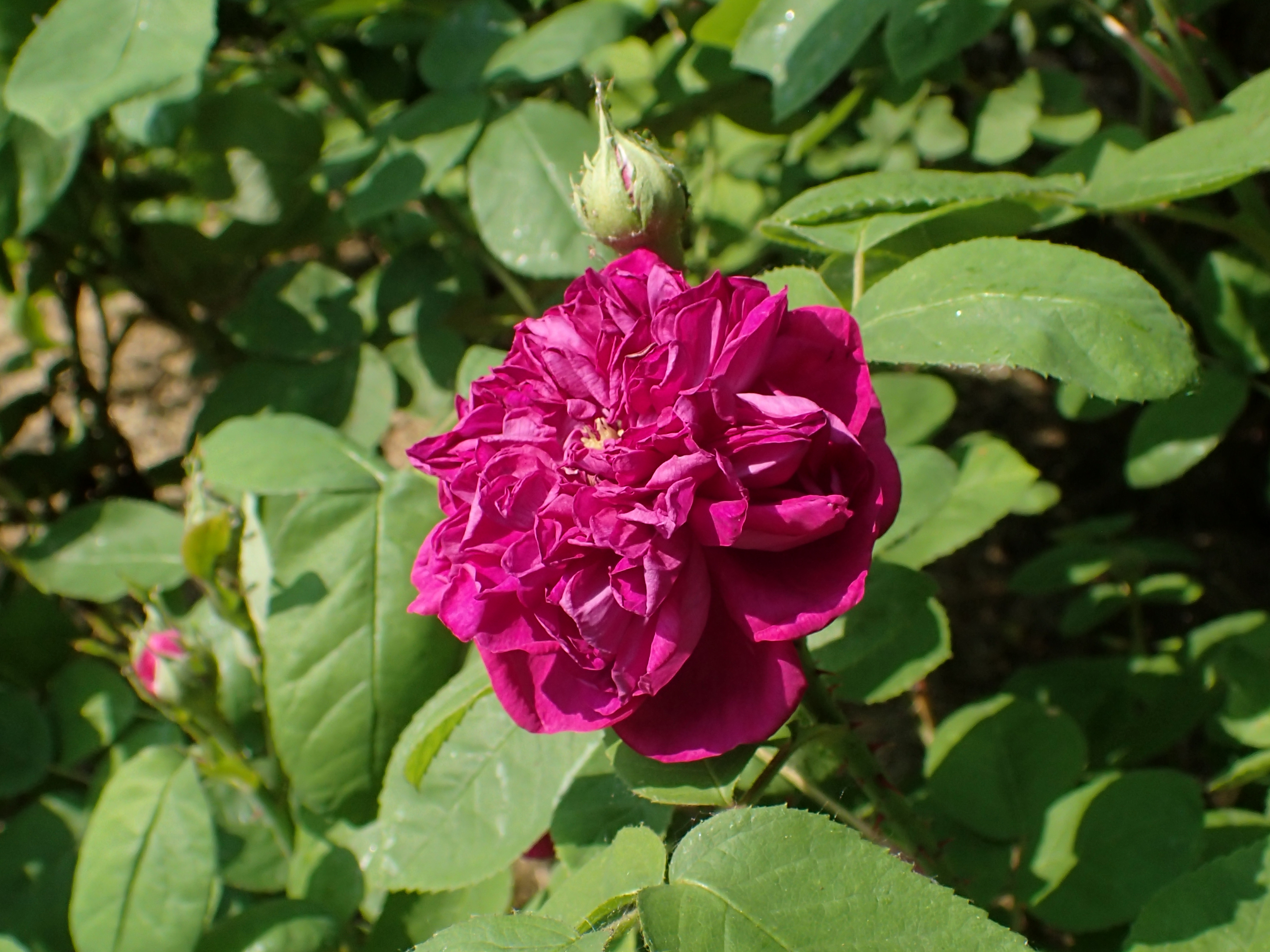
‘Pompon Perpétuel’, Vibert, 1849
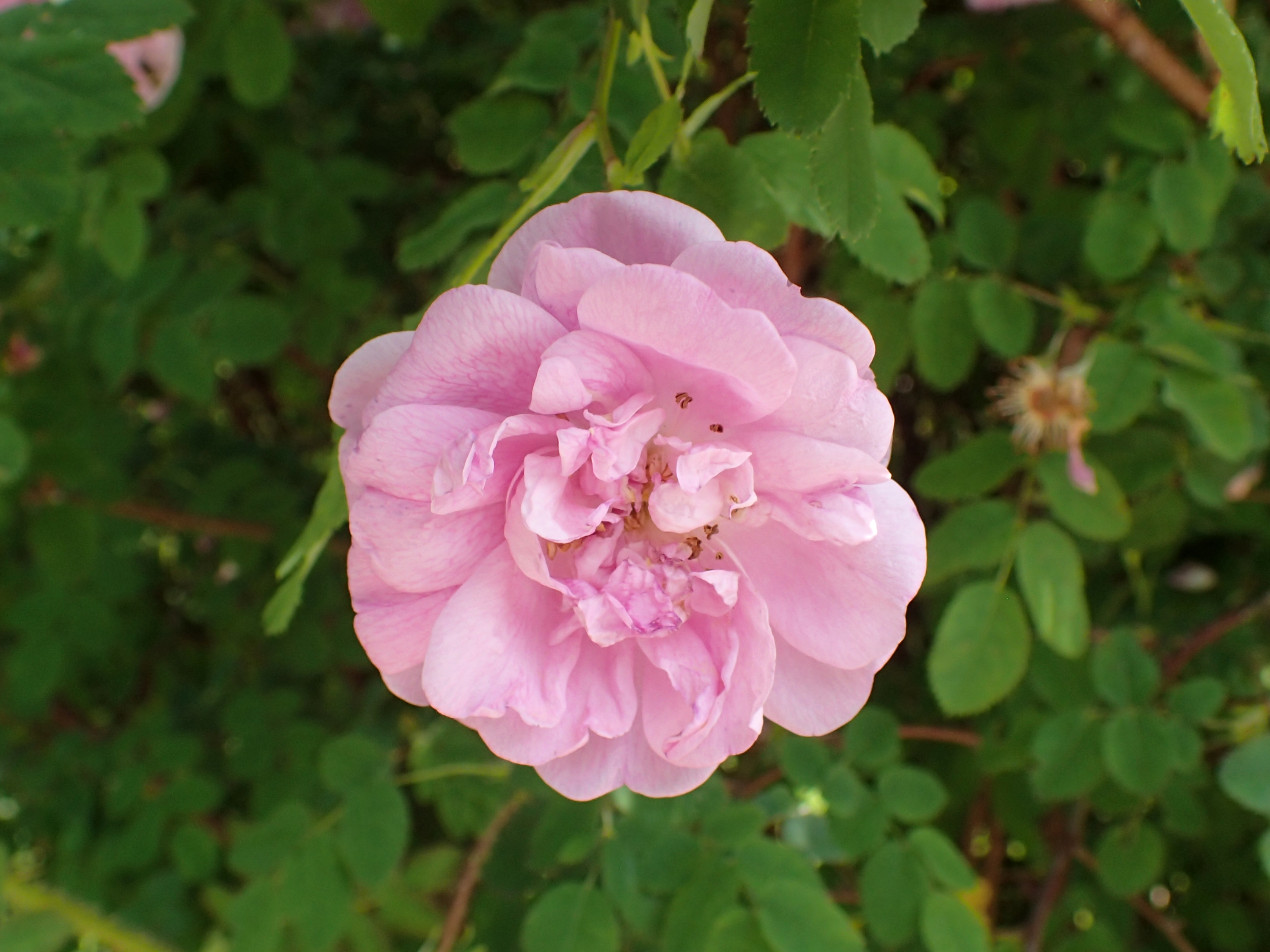
‘Poppius’, Carl Stenberg, vor 1872
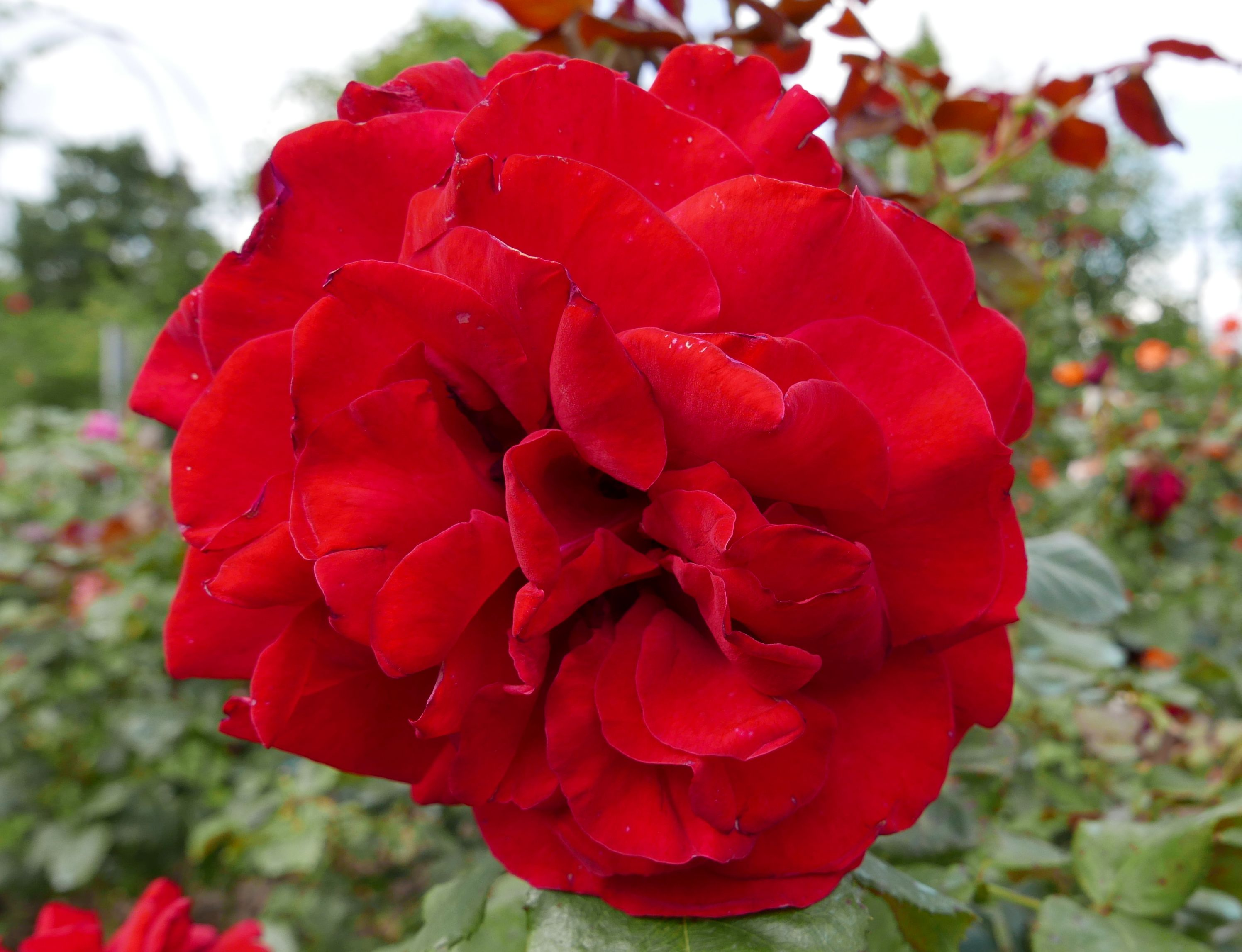
‘Porta Nigra’, Meilland, 1992
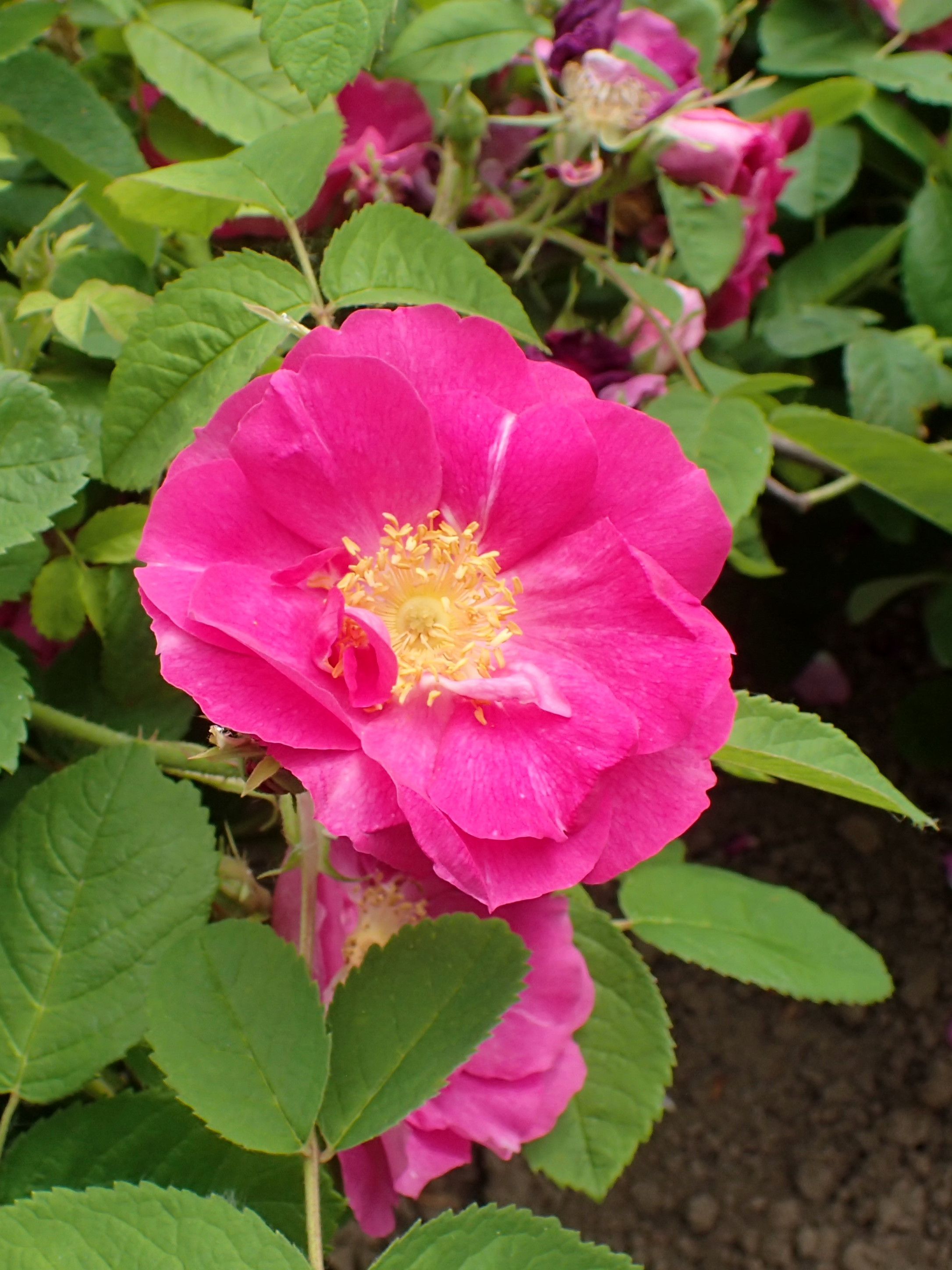
‘Portland-Rose’, Portland, 1775
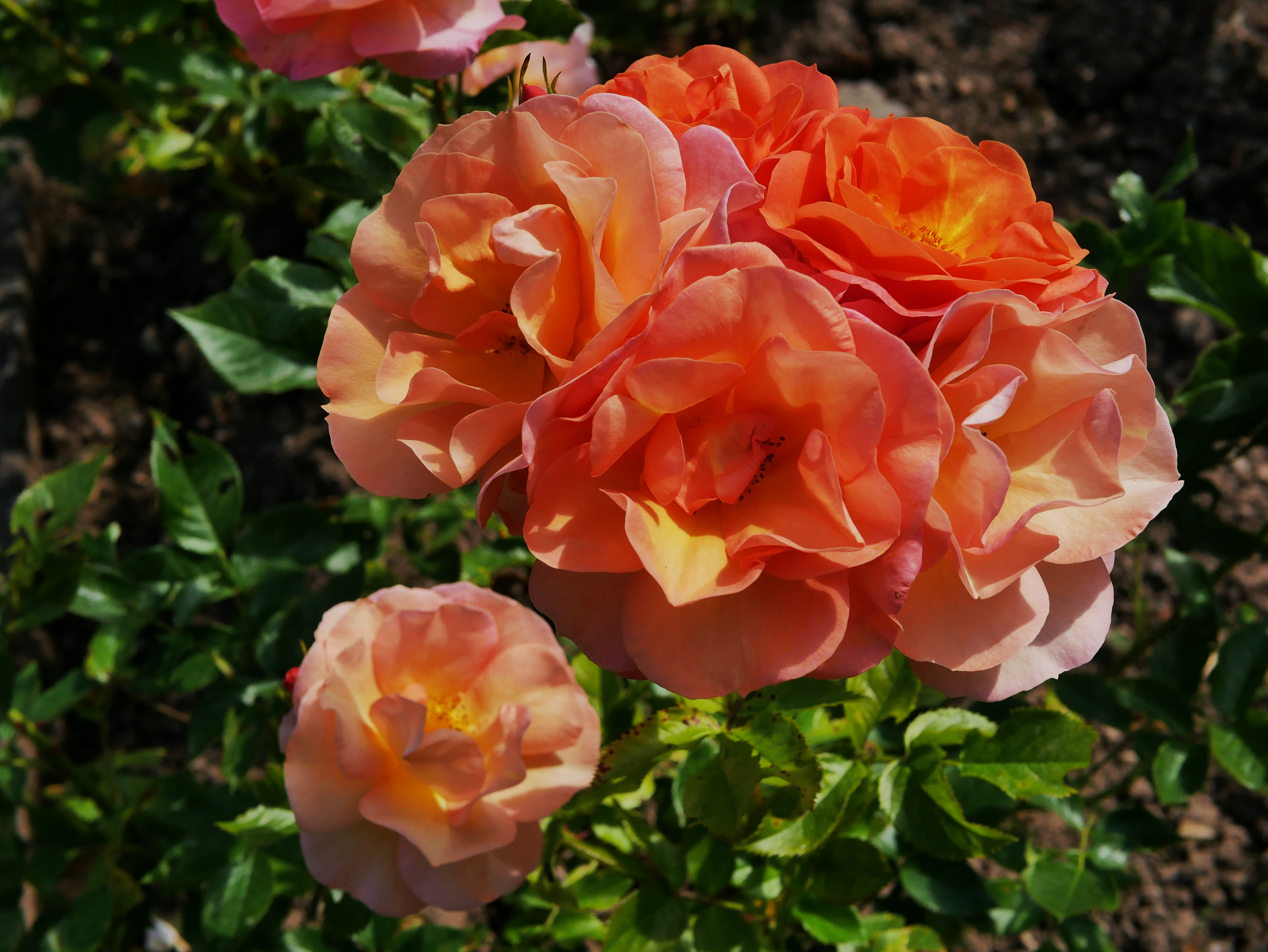
‘Portorož (Rose), Kordes
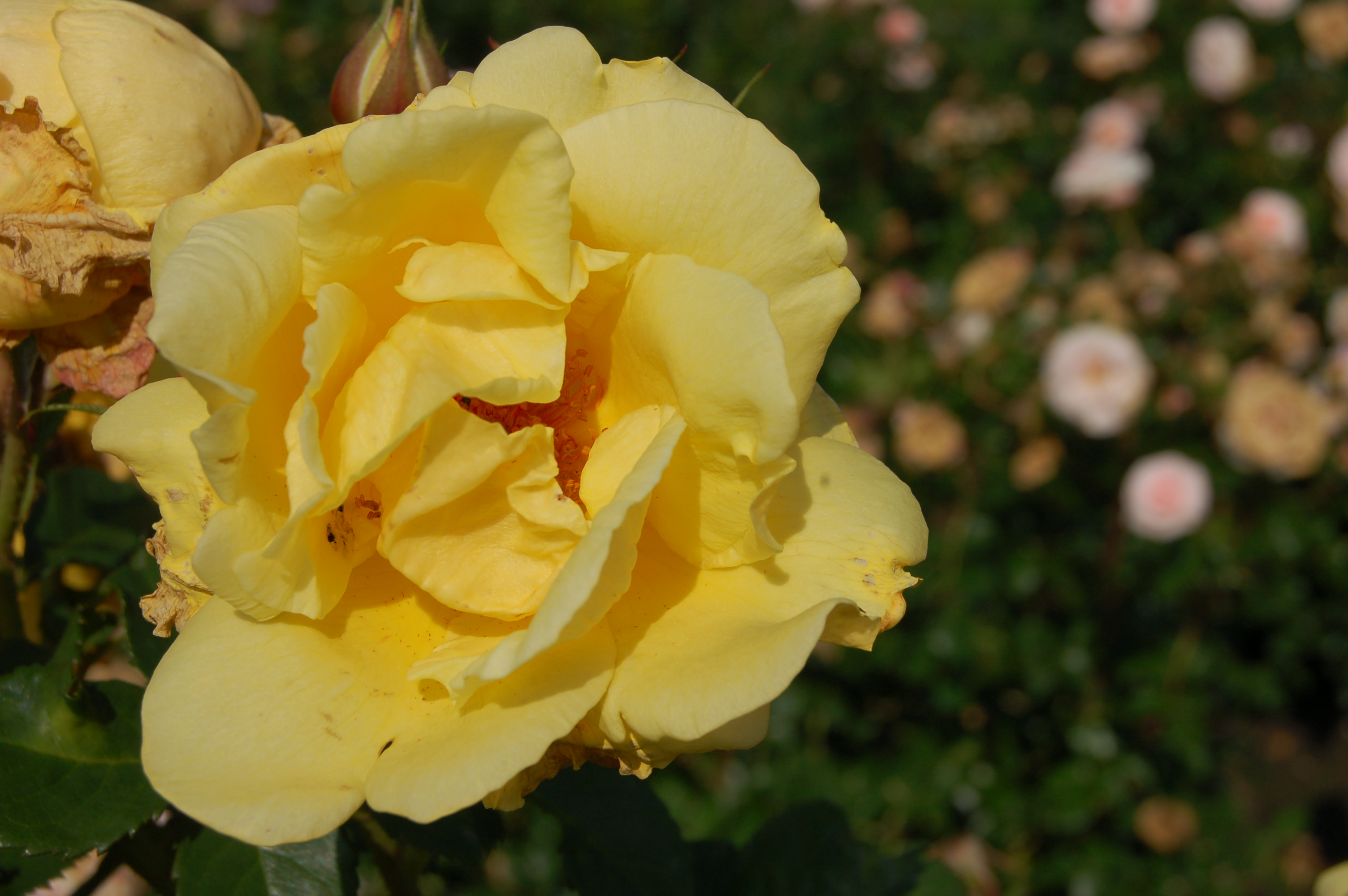
‘Postillion’, Kordes, 1998
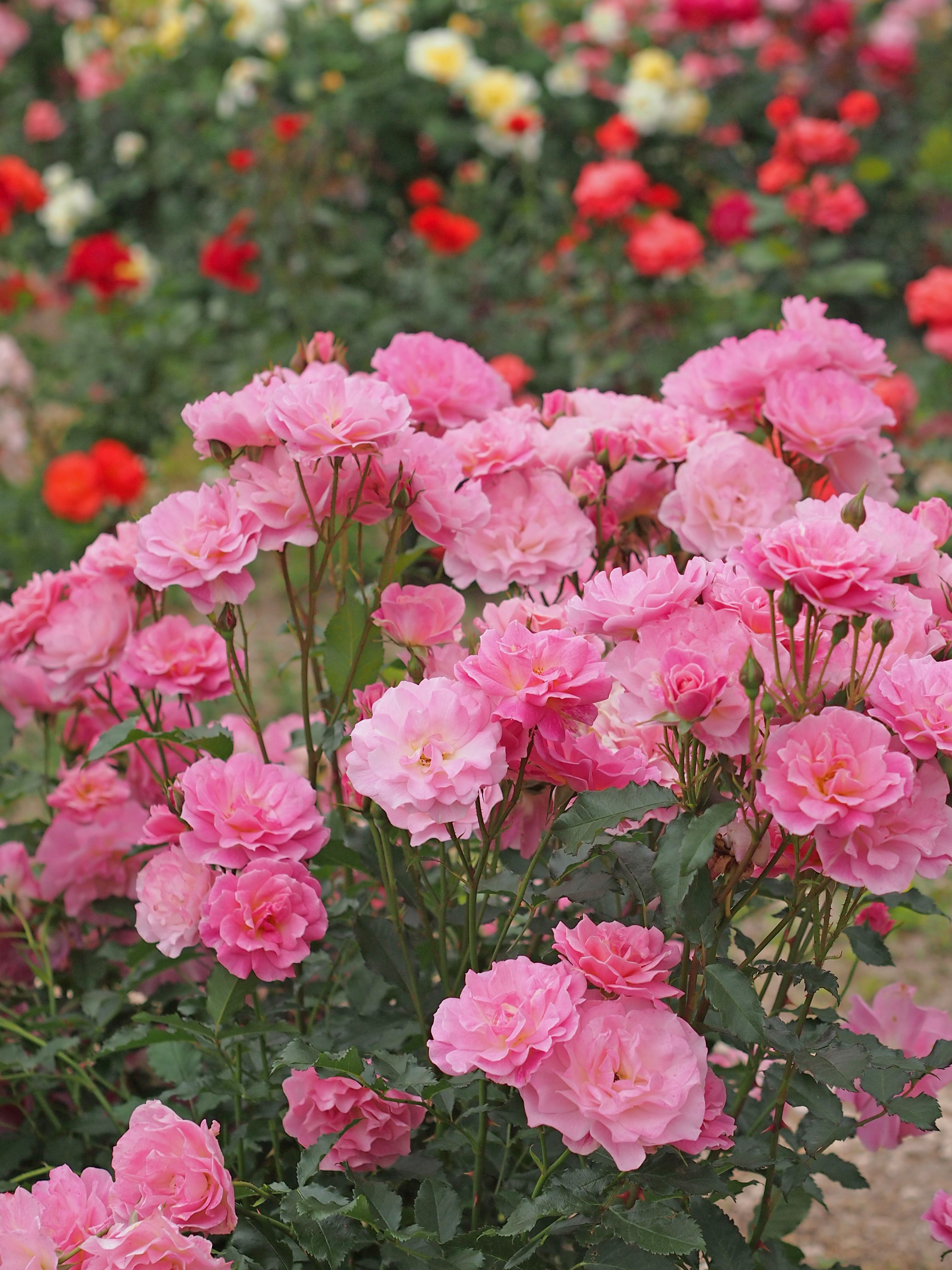
‘Poulsen’s Bedder’, Poulsen, 1948
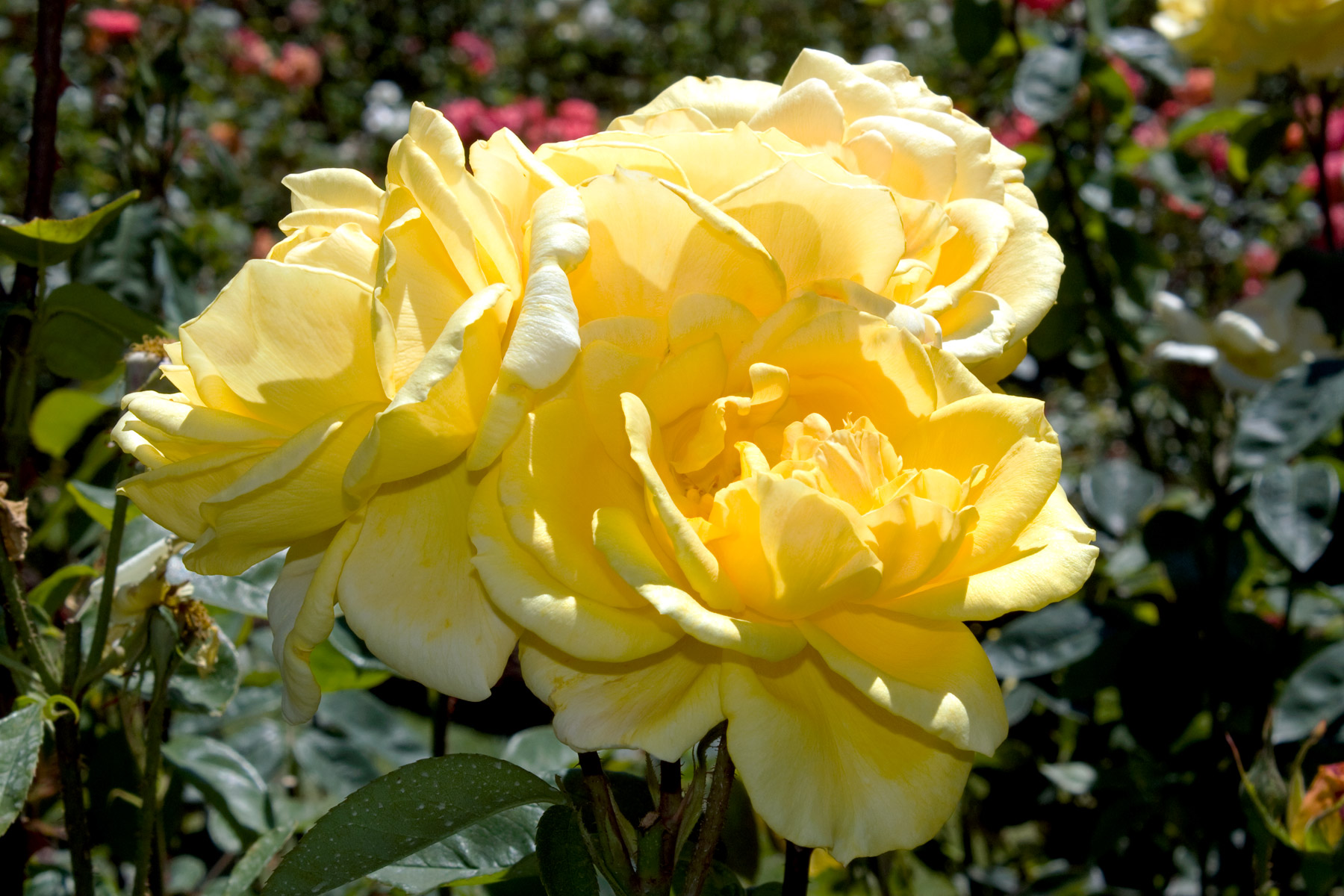
‘Poulwest’ (oder ‘Western Sun’), Poulsen, 1965
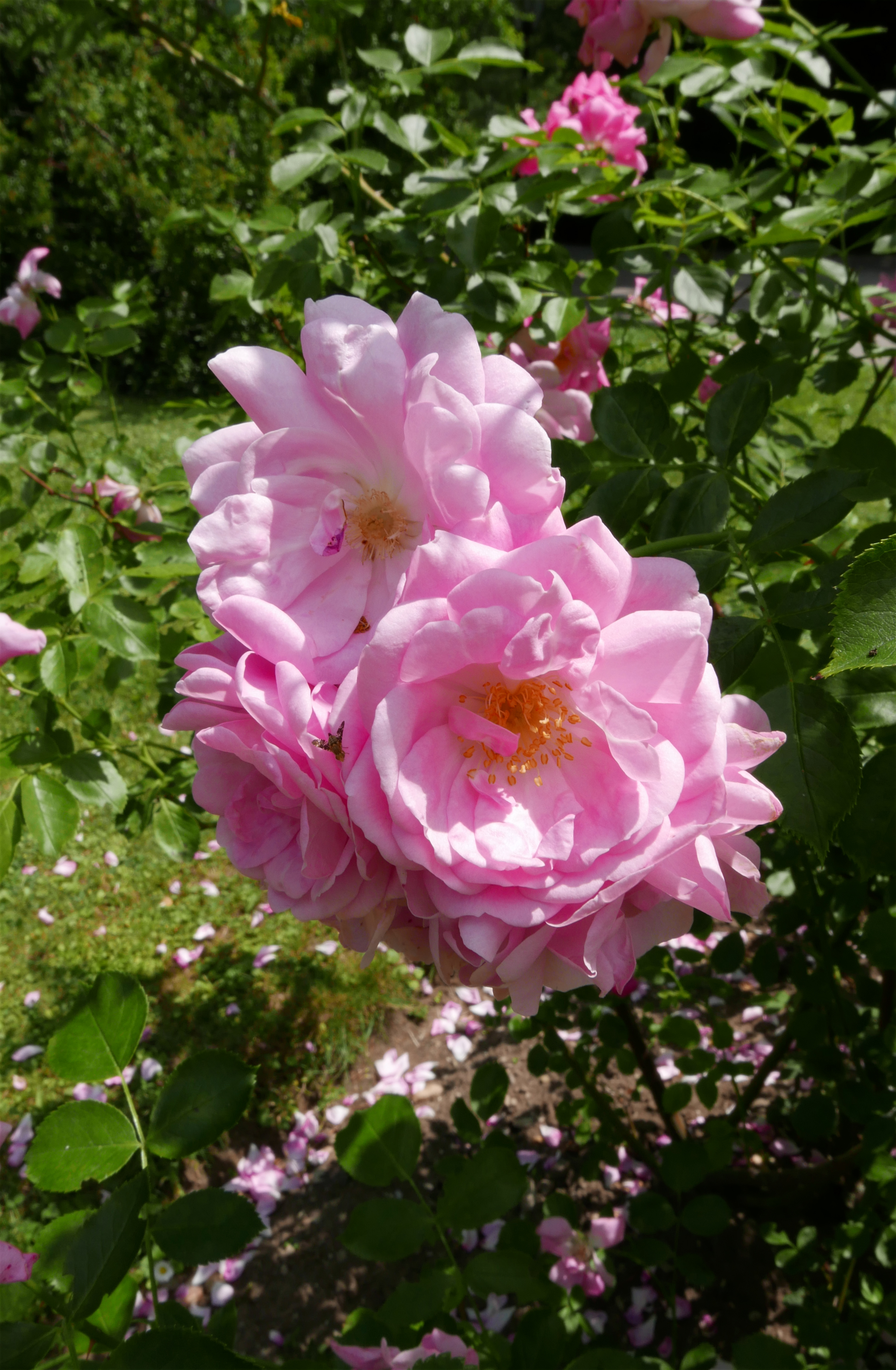
‘Pozdrav z Prohunic’, Zeman, 1928
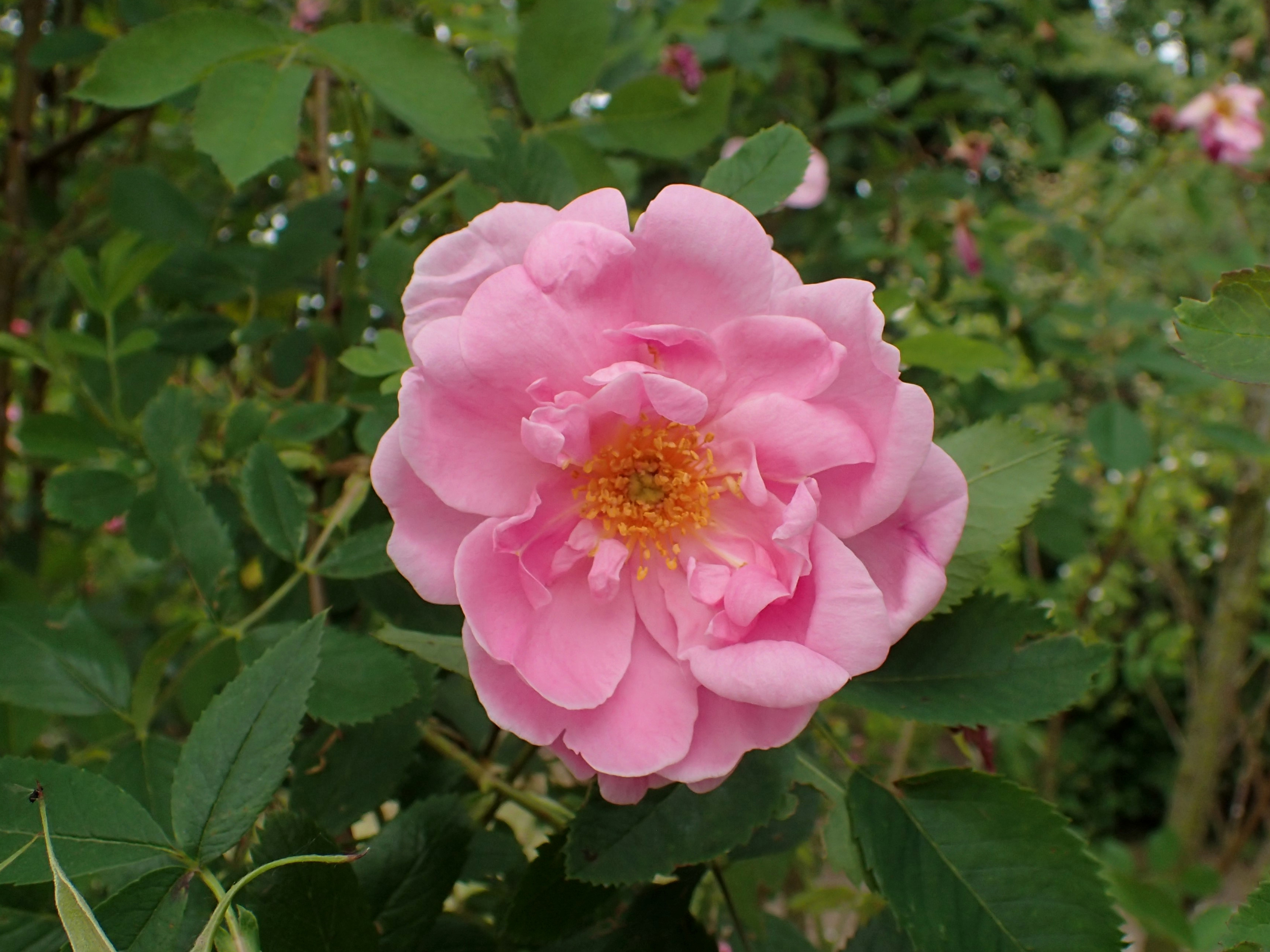
‘Prairie Dawn’, Harp, 1956
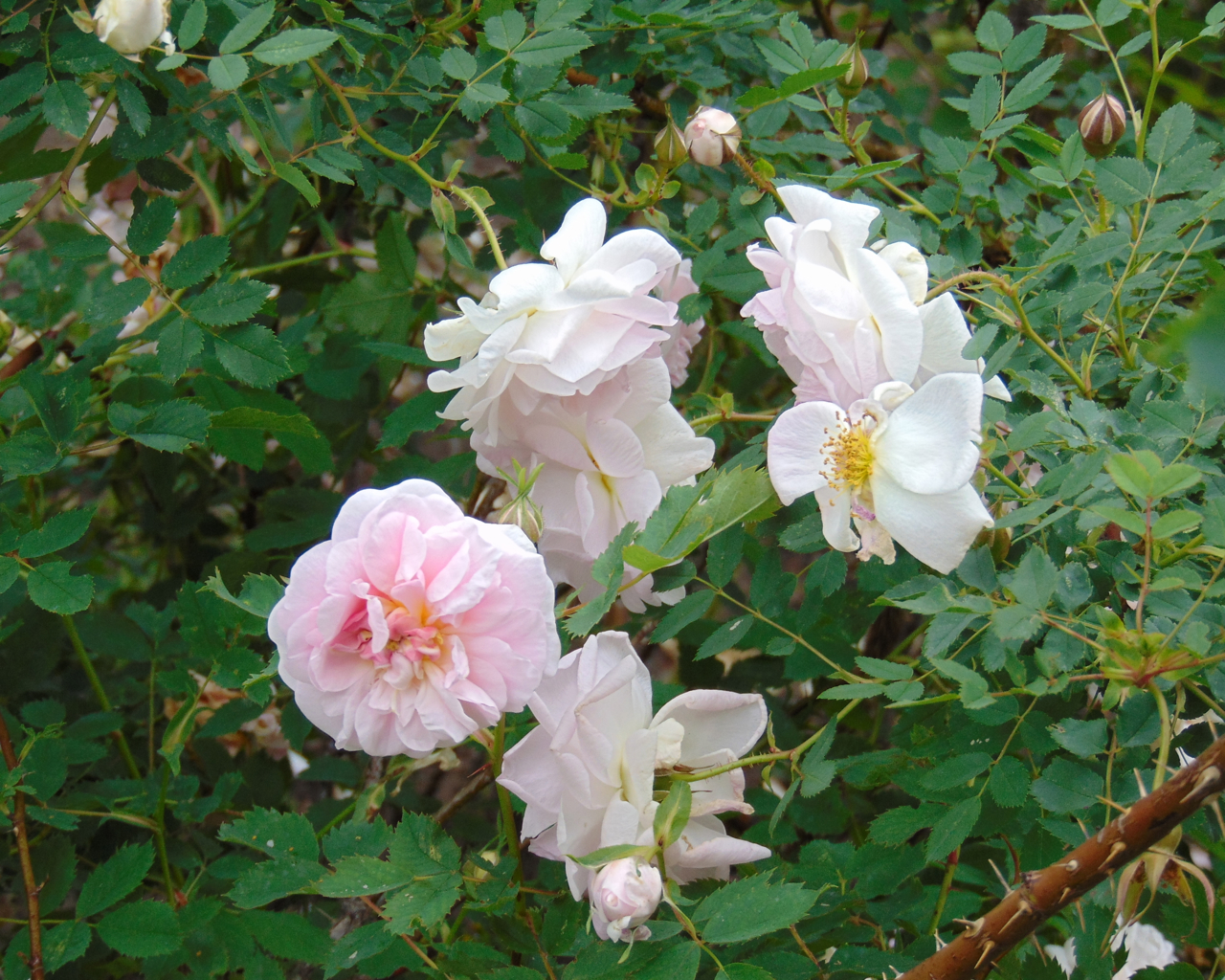
‘Prairie Sweetheart’, Robinson, 1971
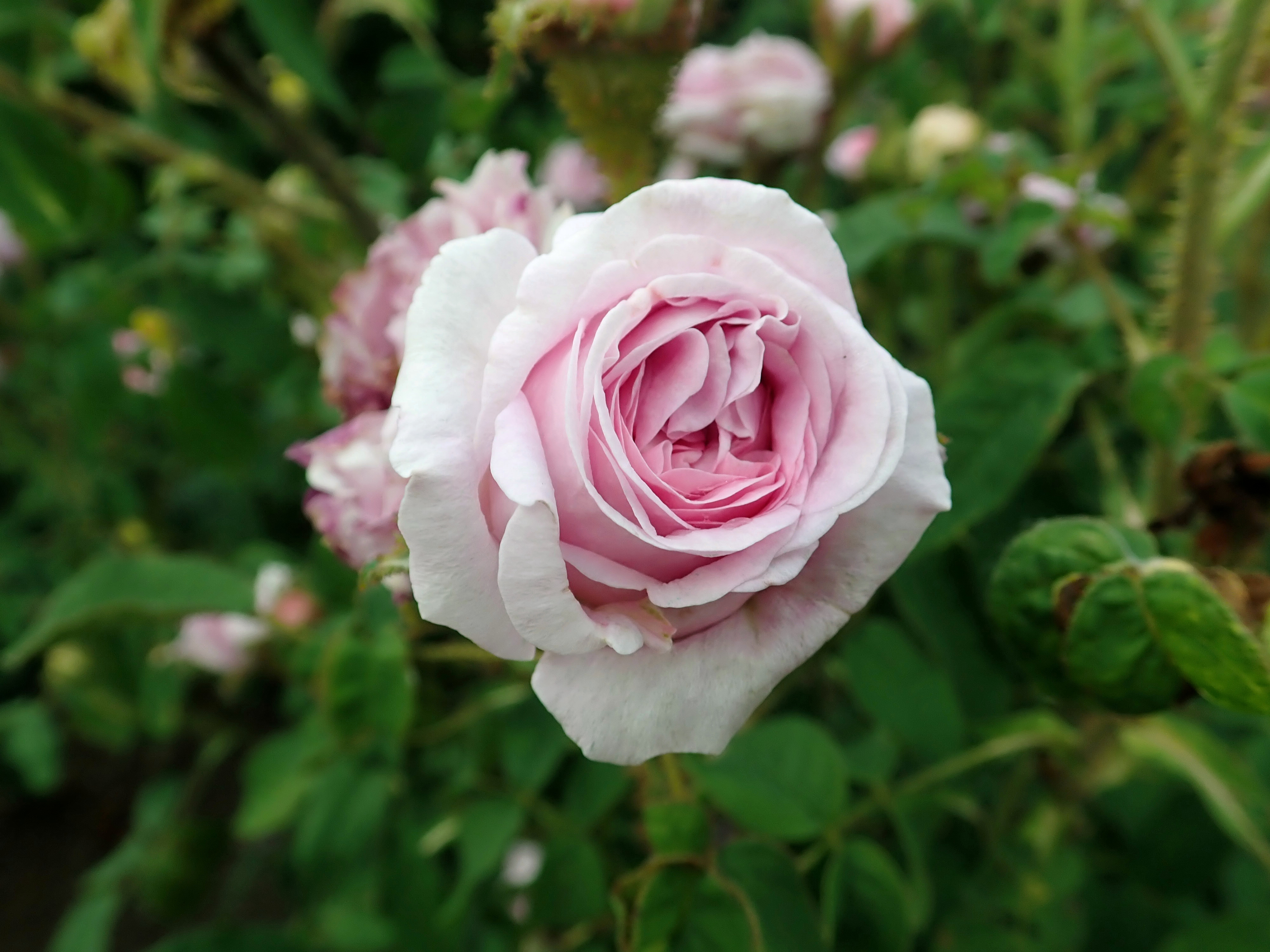
‘Précoce’, Vibert, 1843
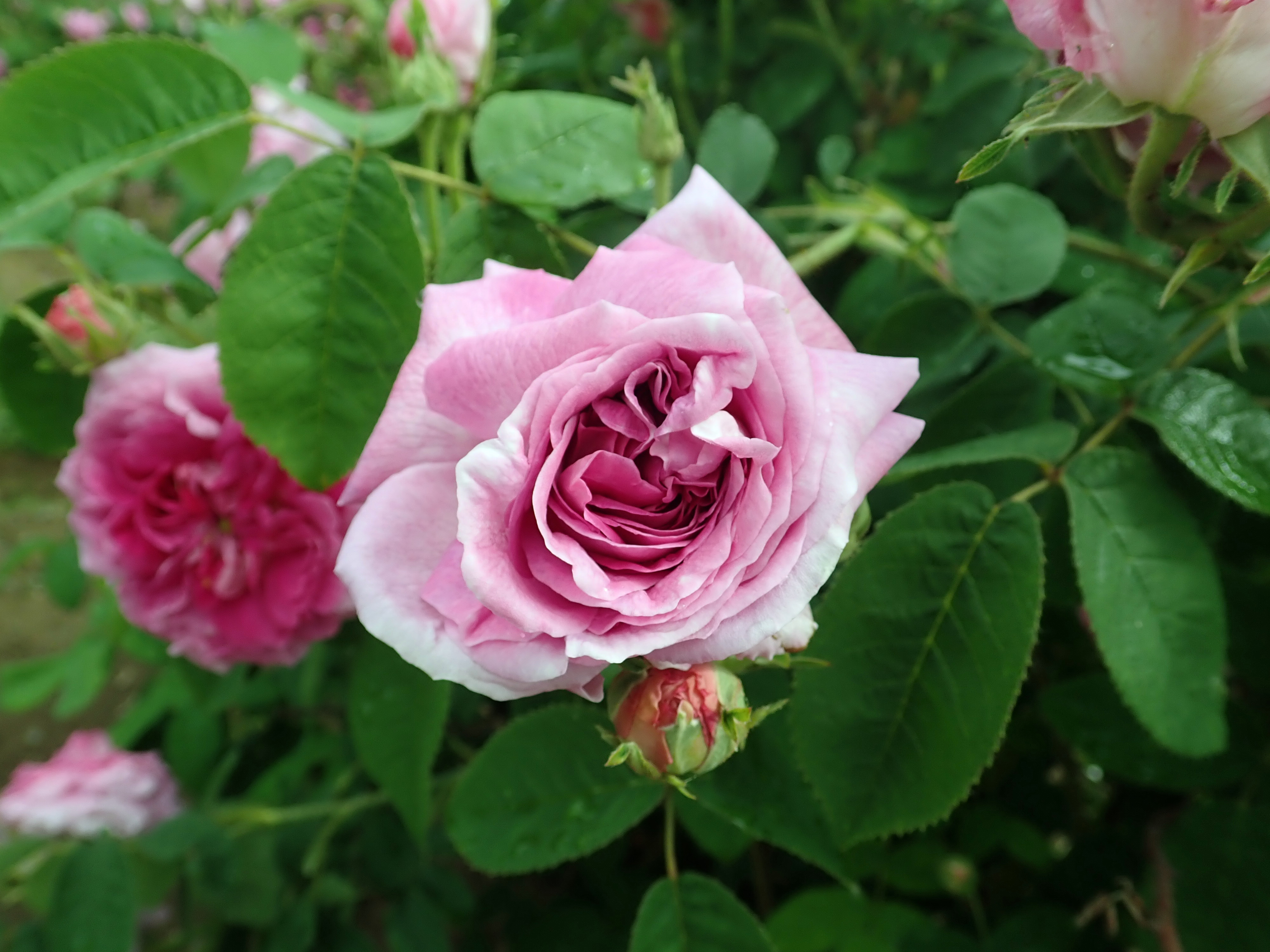
‘Président de Sèze’, Mme. Hébert, 1828
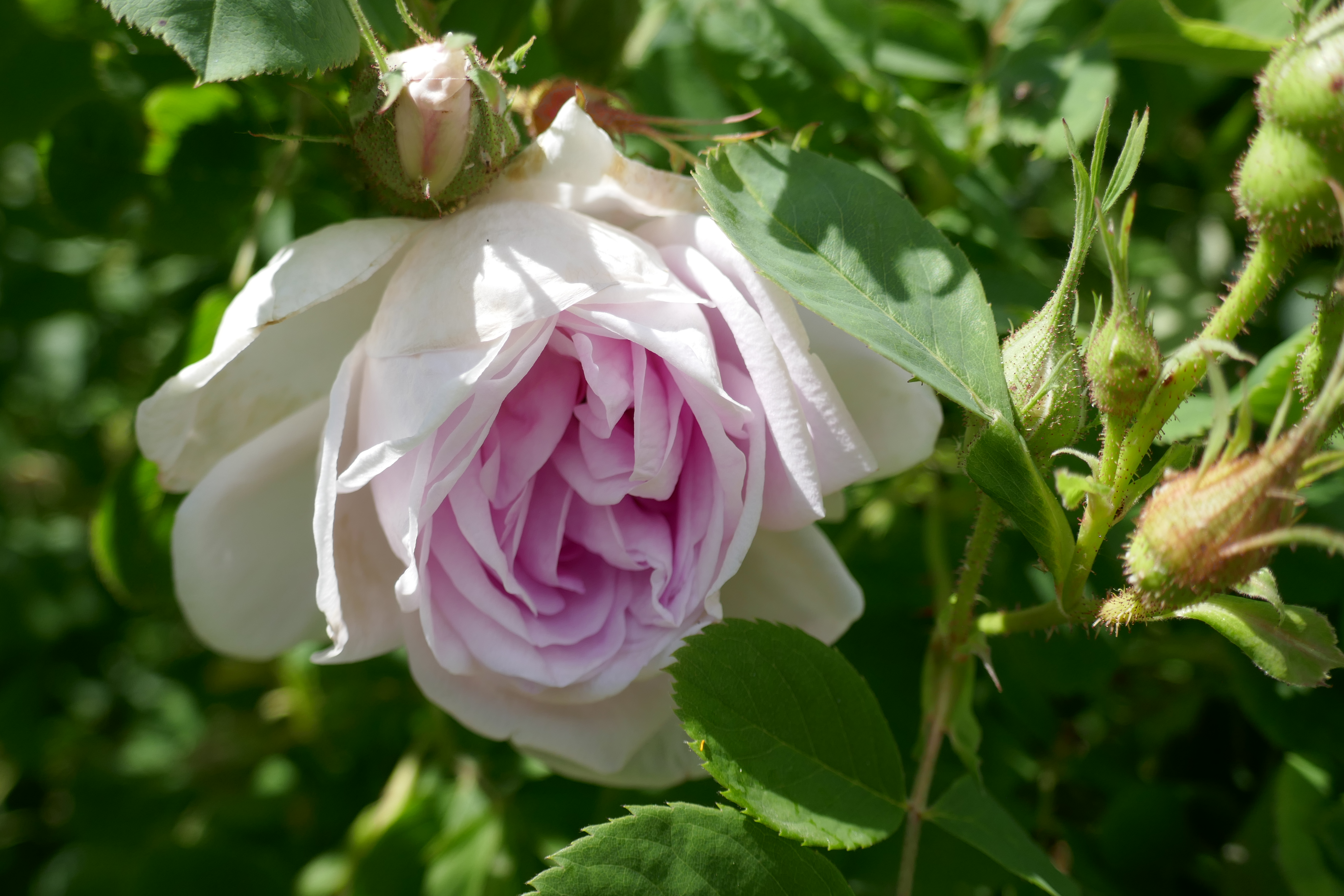
‘Président Dutailly’, Dubreuil, 1882
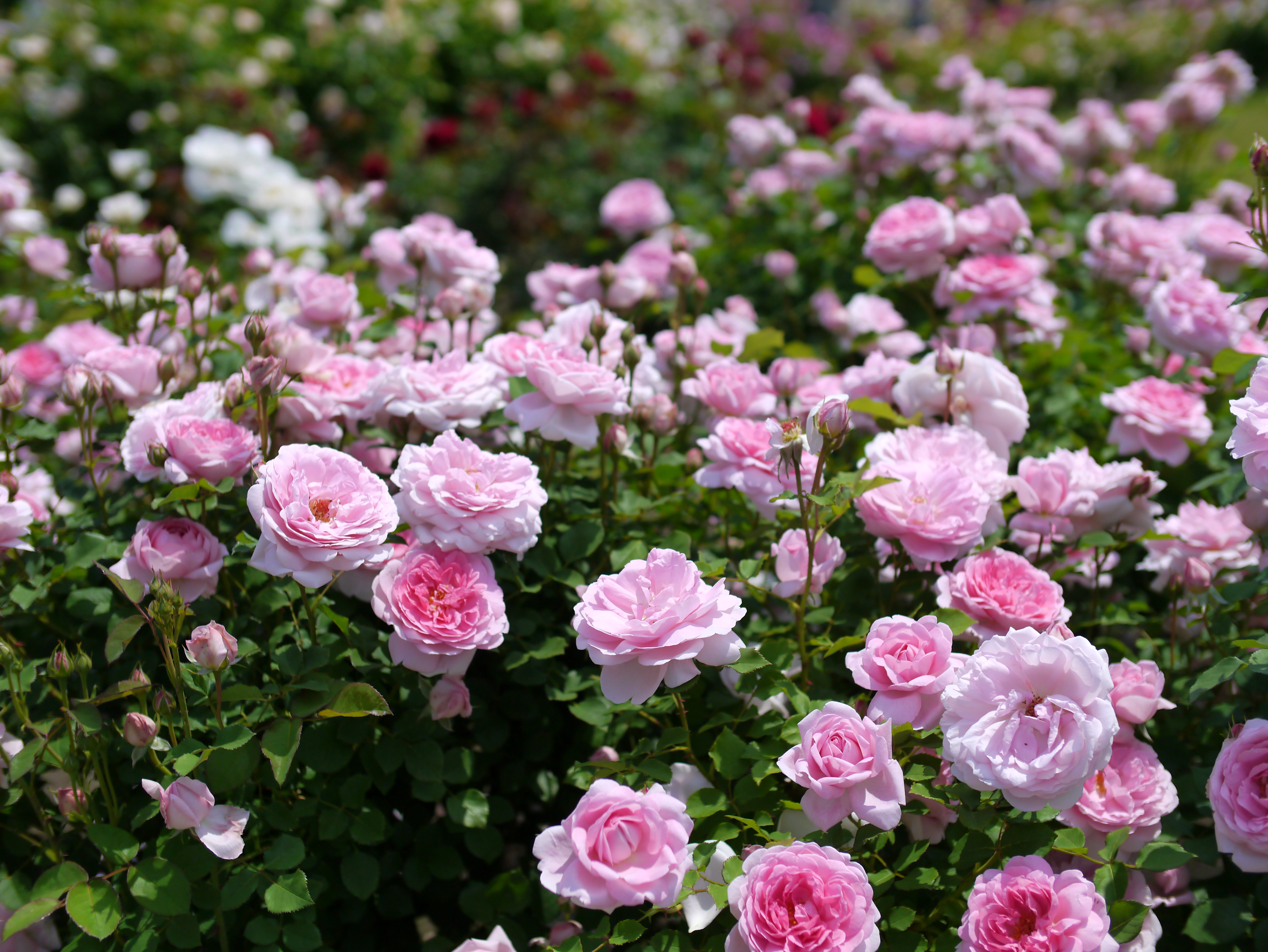
‘Pretty Jessica’, David Austin, 1983
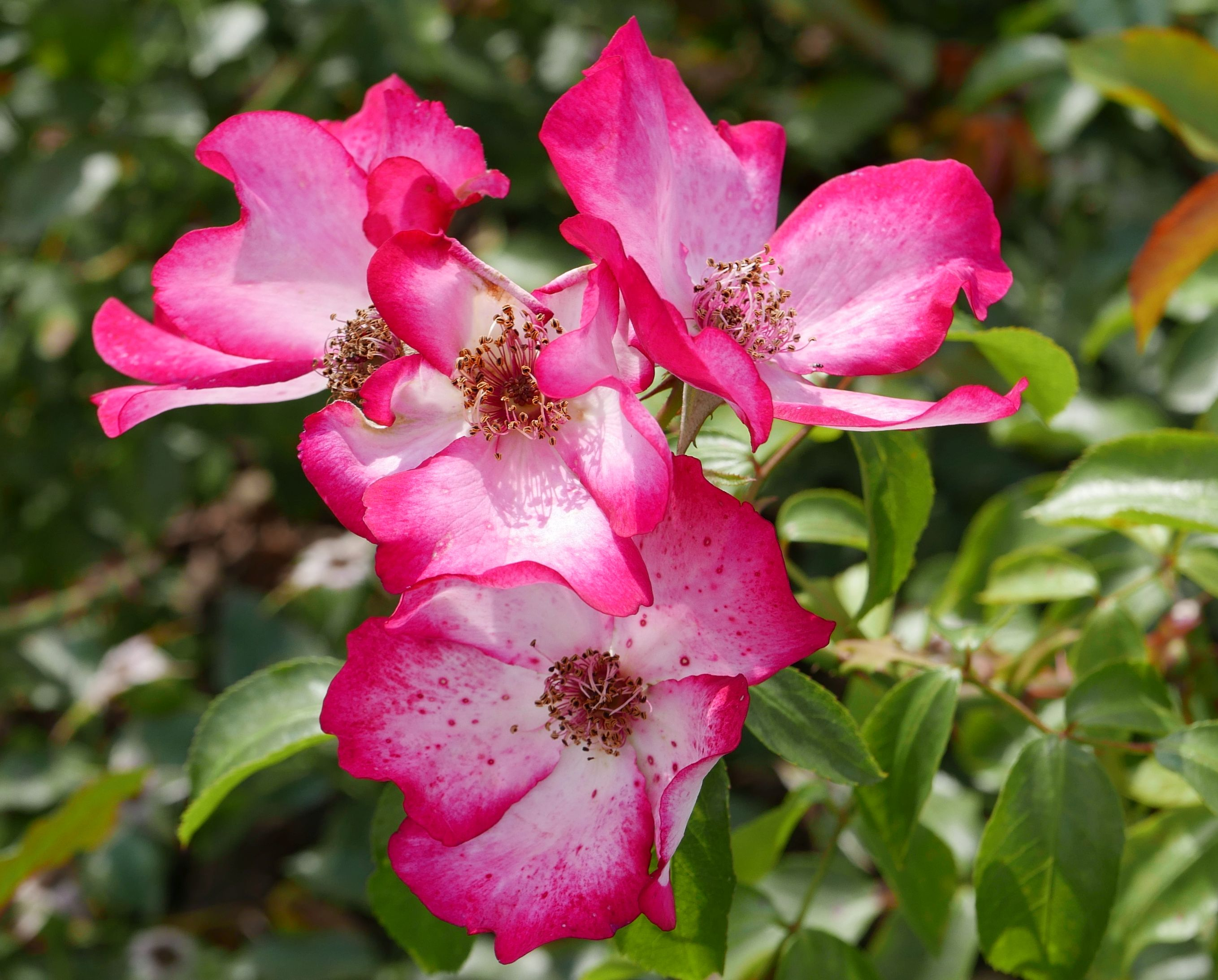
‘Pretty Kiss’, Meilland, 2006
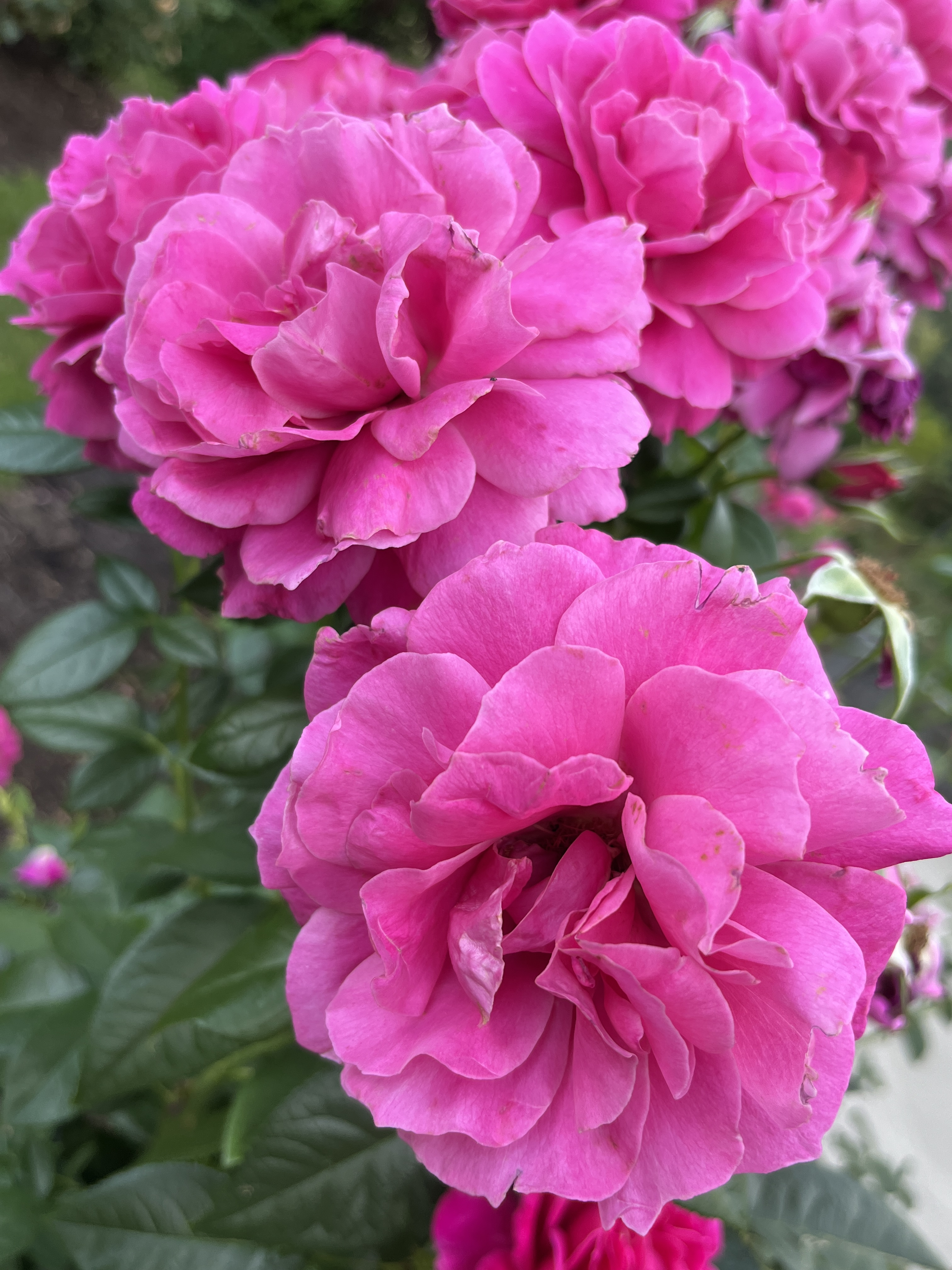
‘Pretty Lady’, Christian Bédard, vor 2012
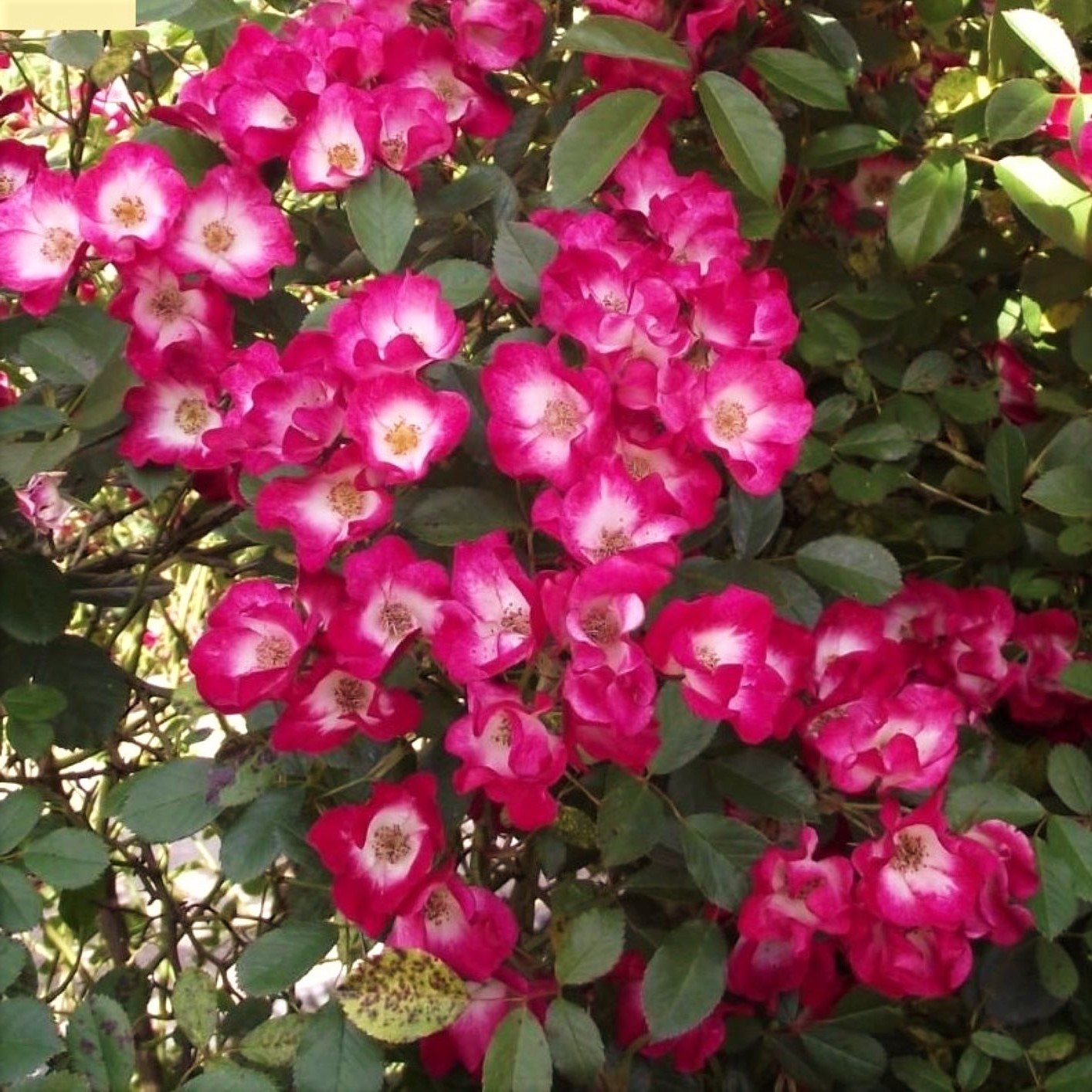
‘Pretty Red’, Ann Velle Boudolf, vor 2003
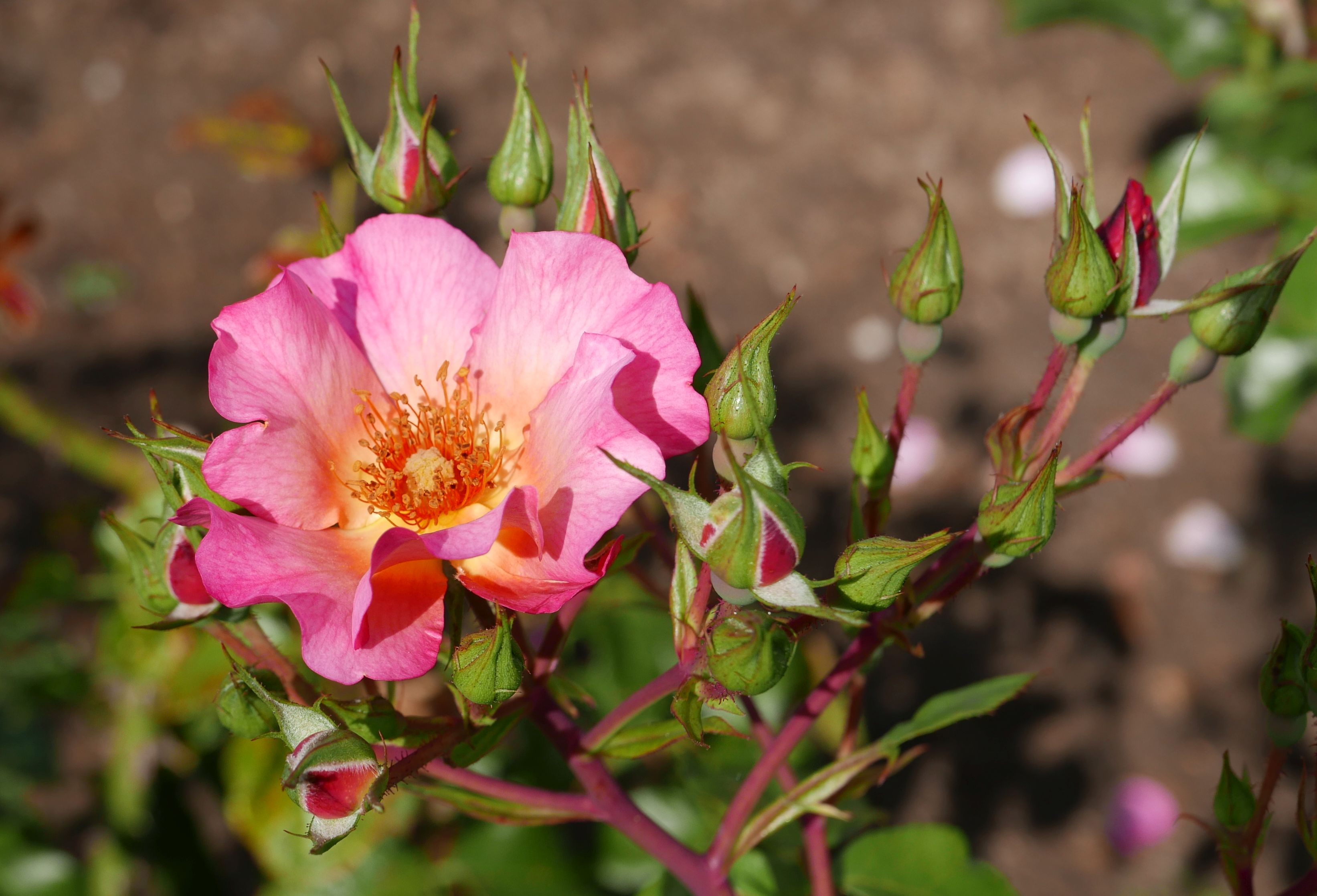
‘Pretty Sunrise’, Meilland, 2006
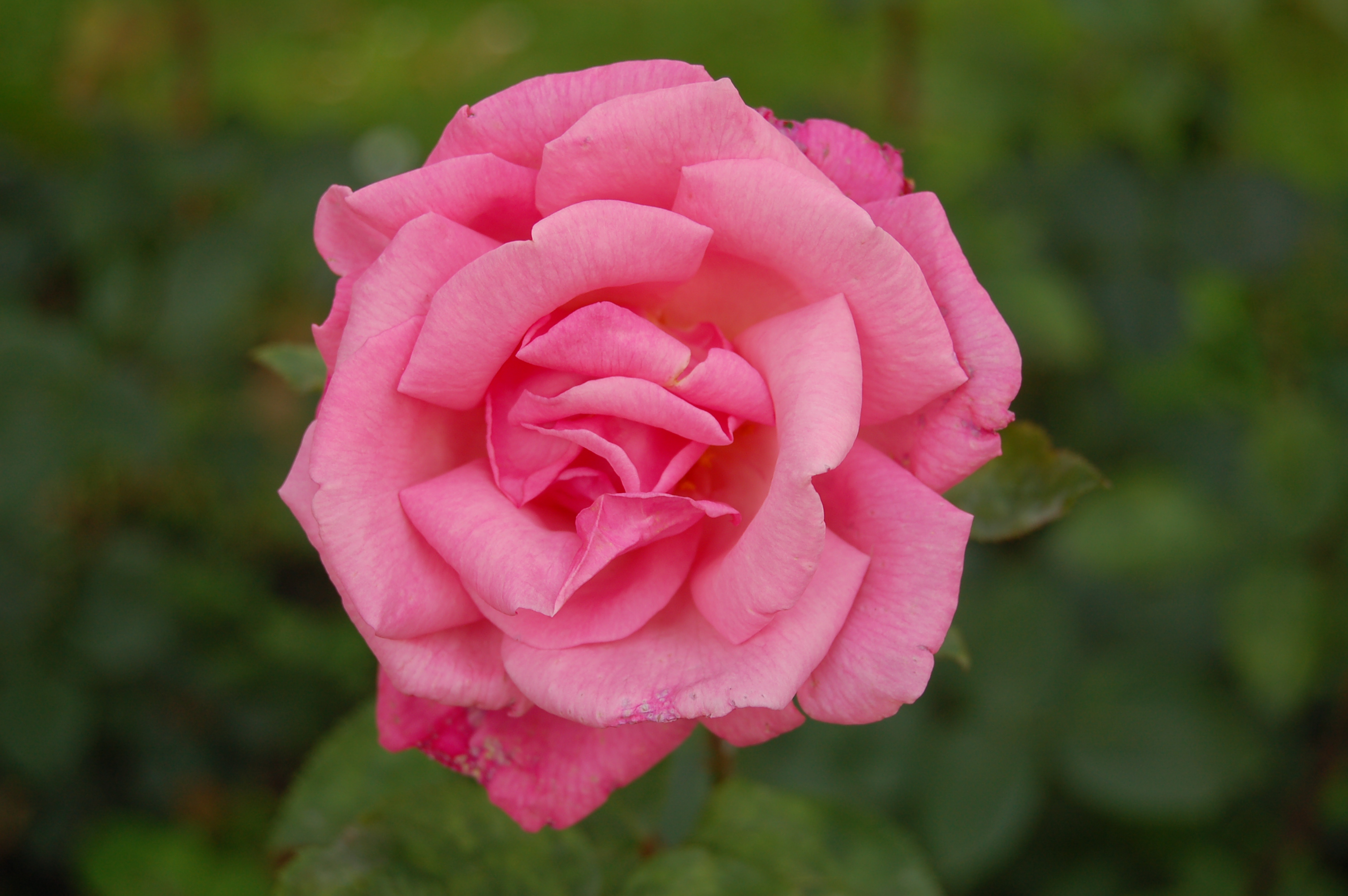
‘Primaballerina’, M. Tantau jun., 1957
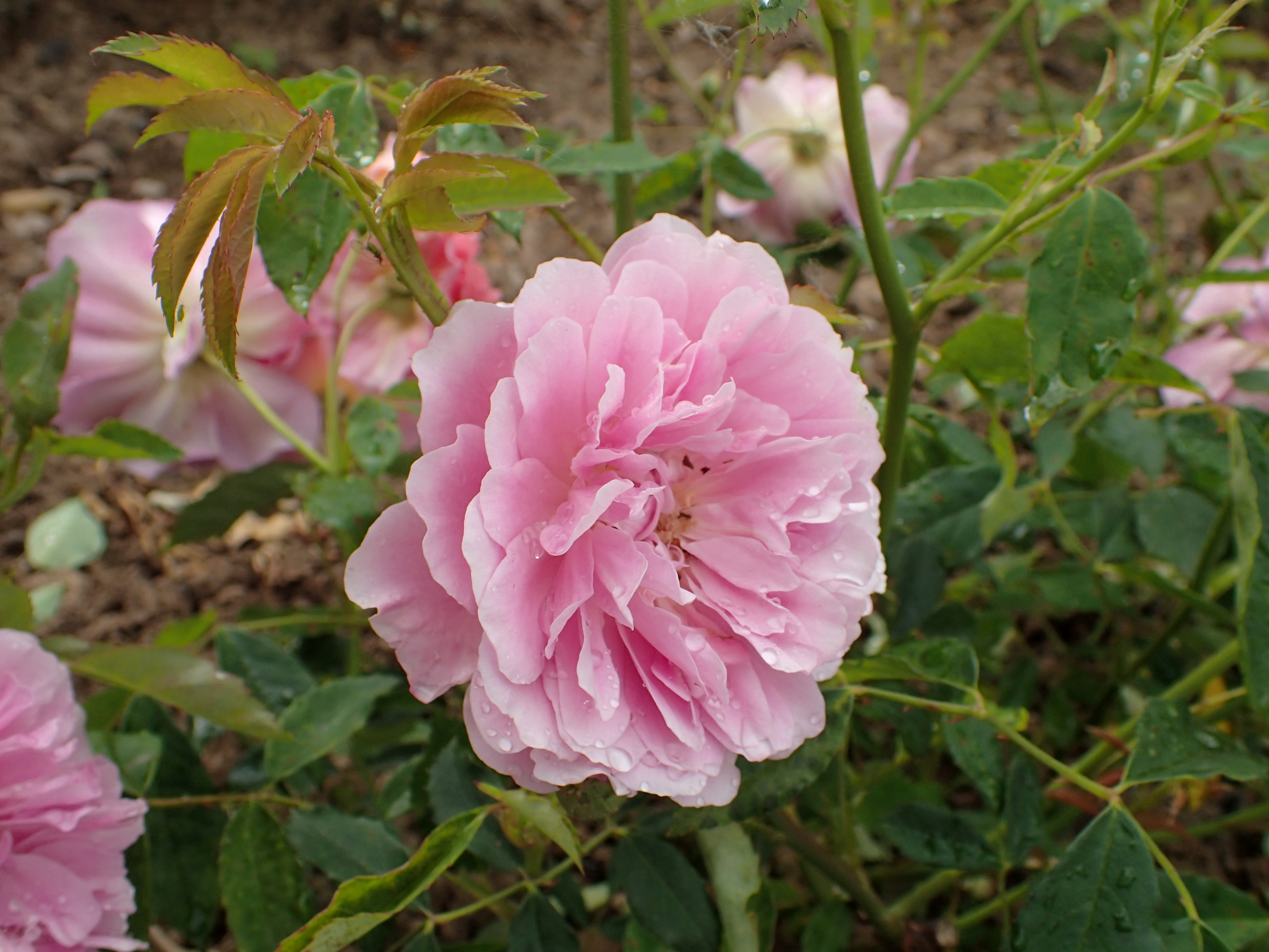
‘Primerose Sistau’, Turbat, 1925
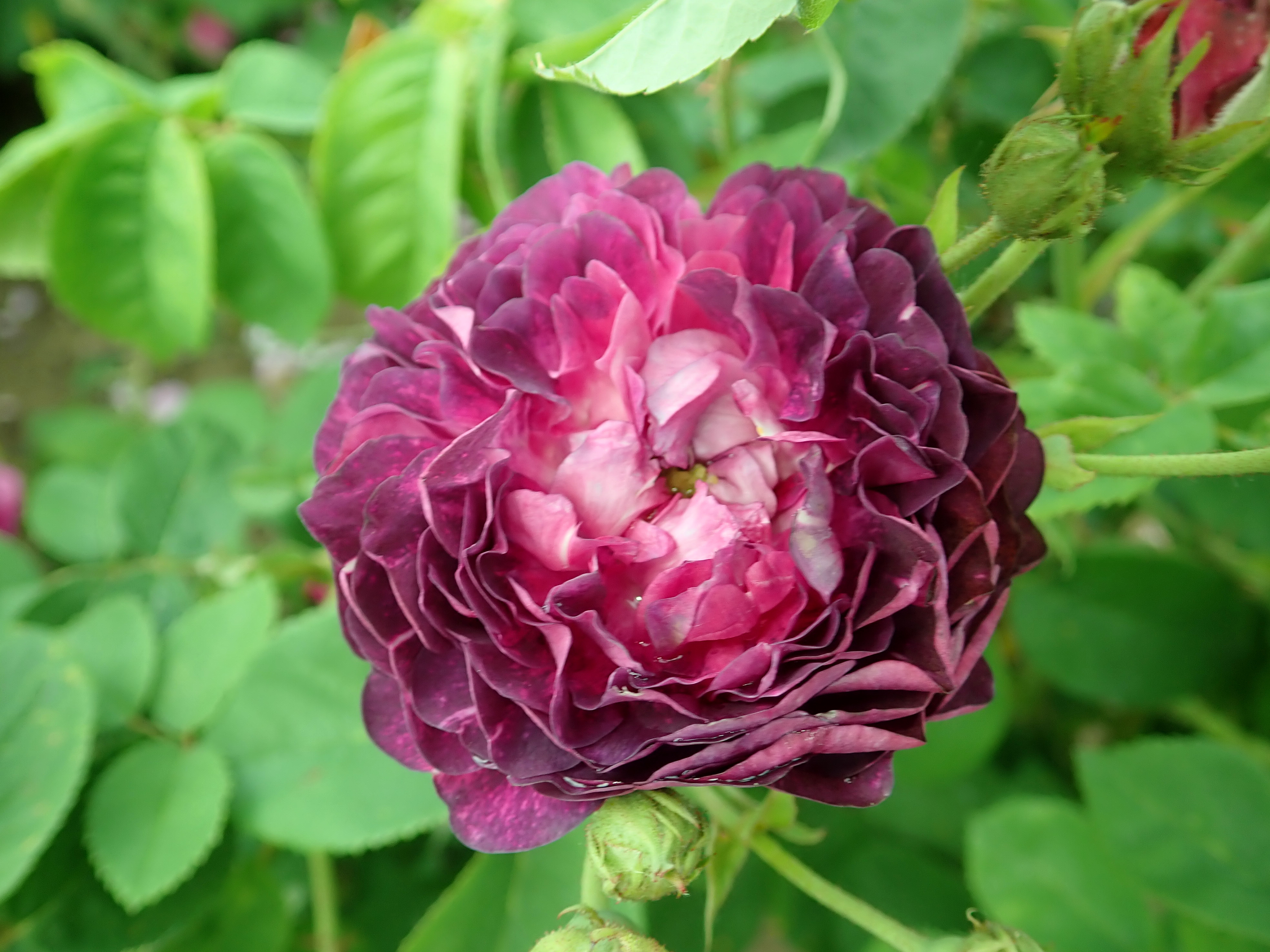
‘Prince Frédéric’, Parmentier, um 1840
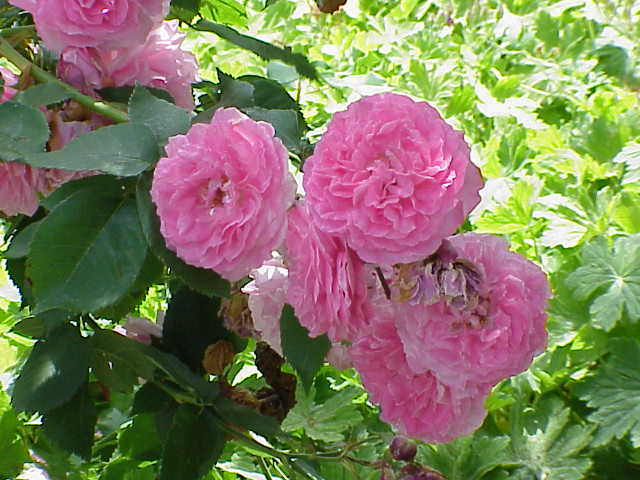
‘Prince Napoléon’, Pernet-Ducher, 1864
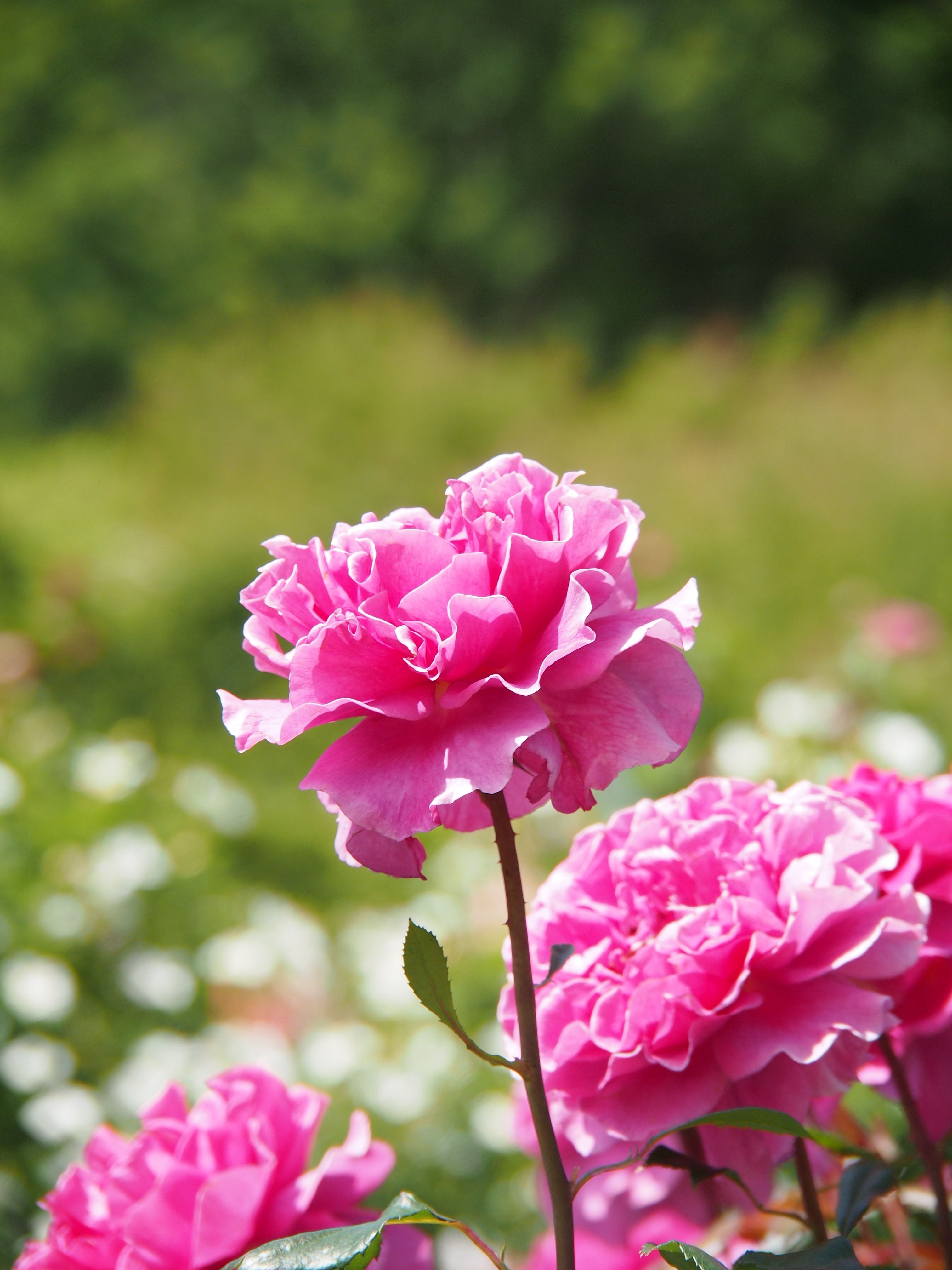
‘Princess Alexandra Renaissance’, Olesen/Poulsen, 1998
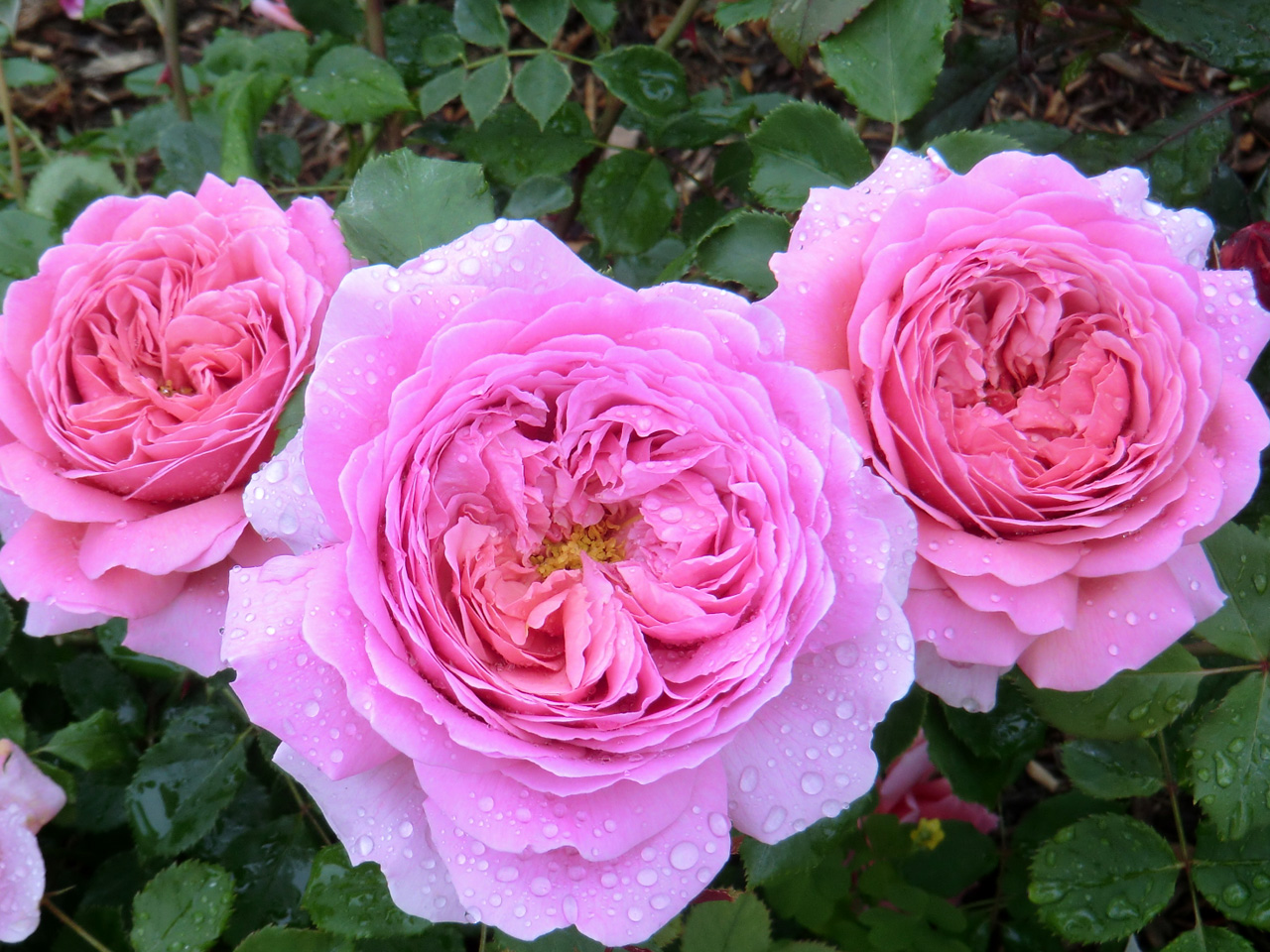
‘Princess Alexandra of Kent’, David Austin, 2002/2007
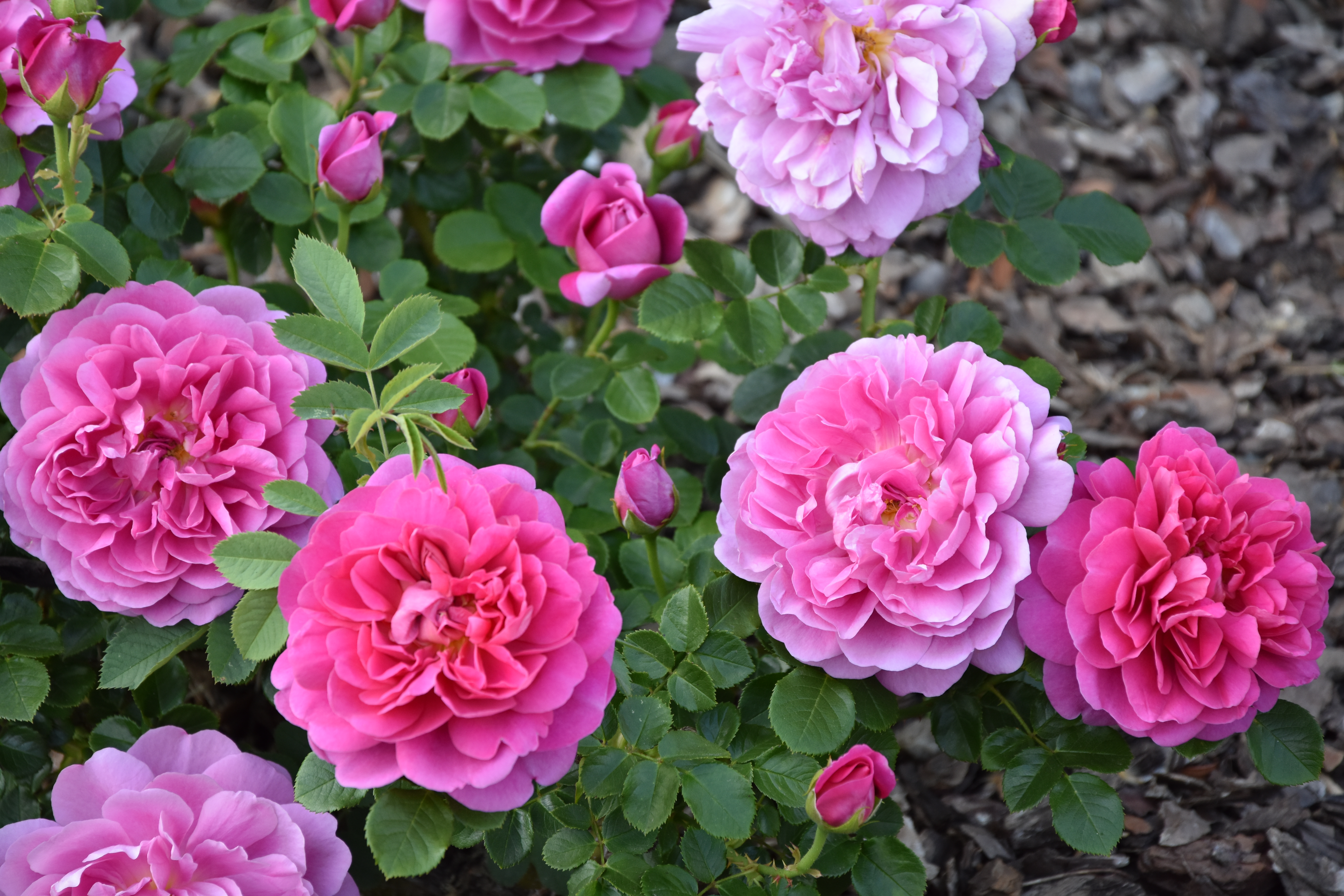
‘Princess Anne’, David Austin, vor 2009
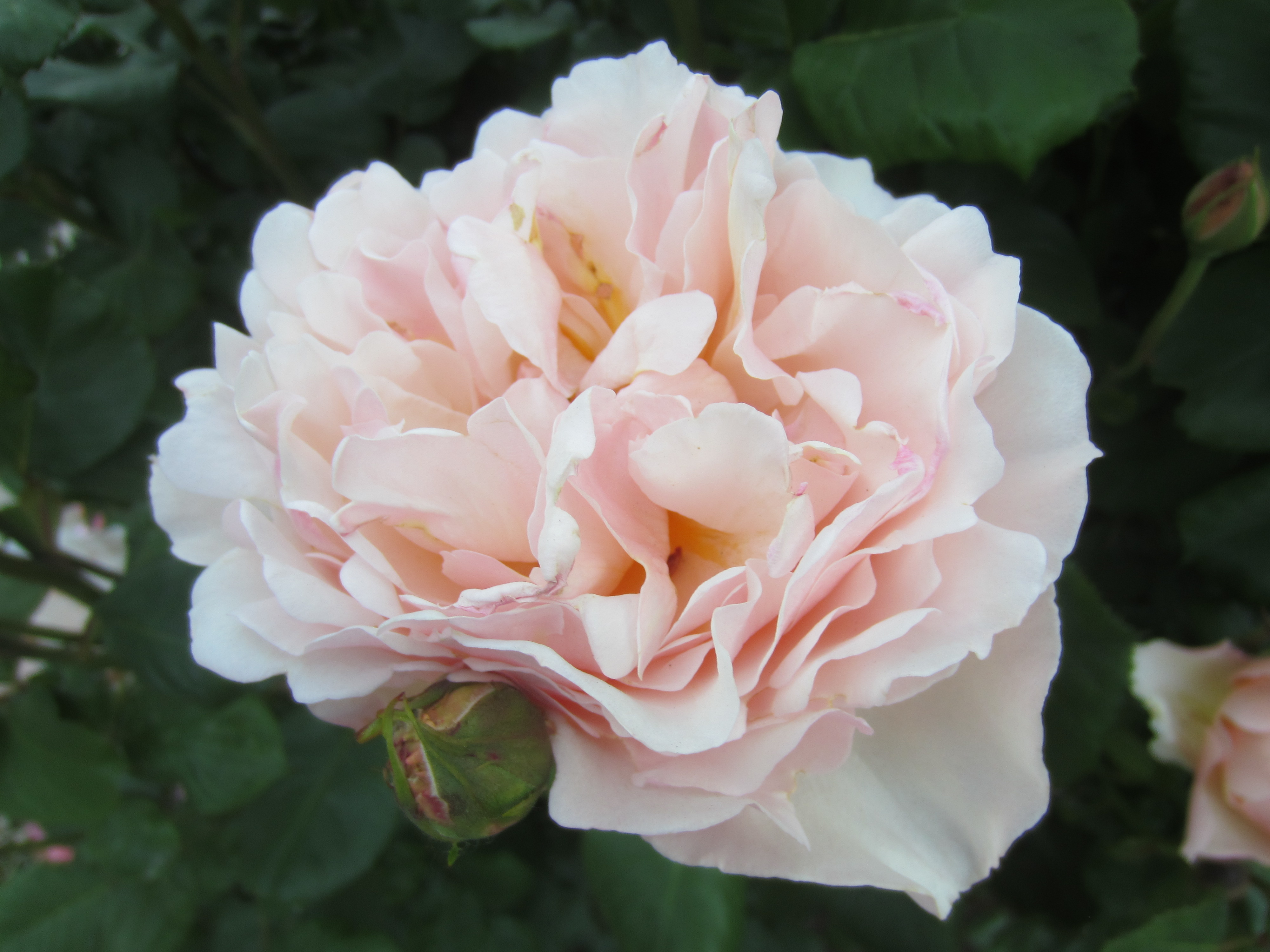
‘Princesse Charlène de Monaco’, vor 2010
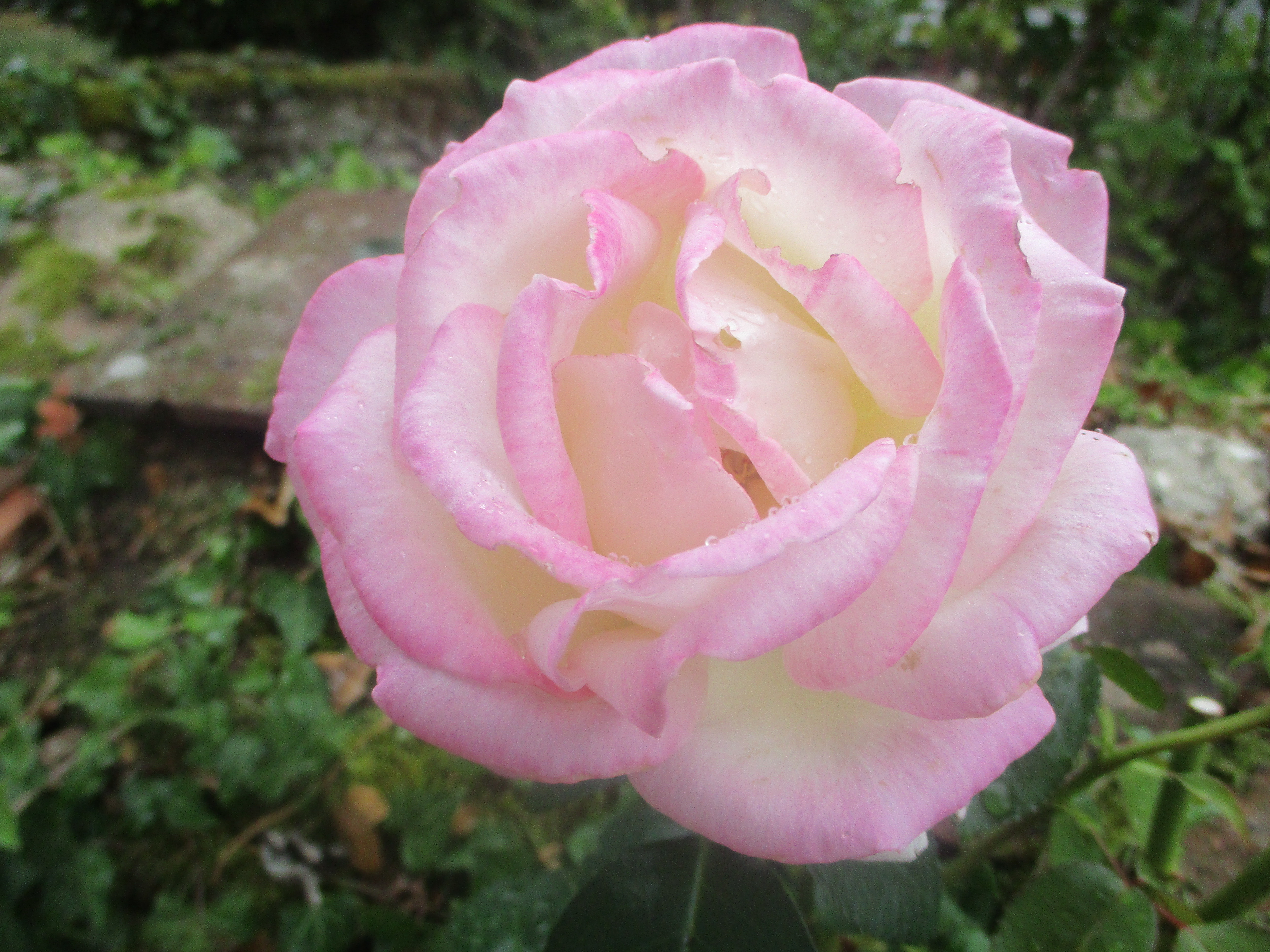
‘Princesse de Monaco’, Meilland, 1981
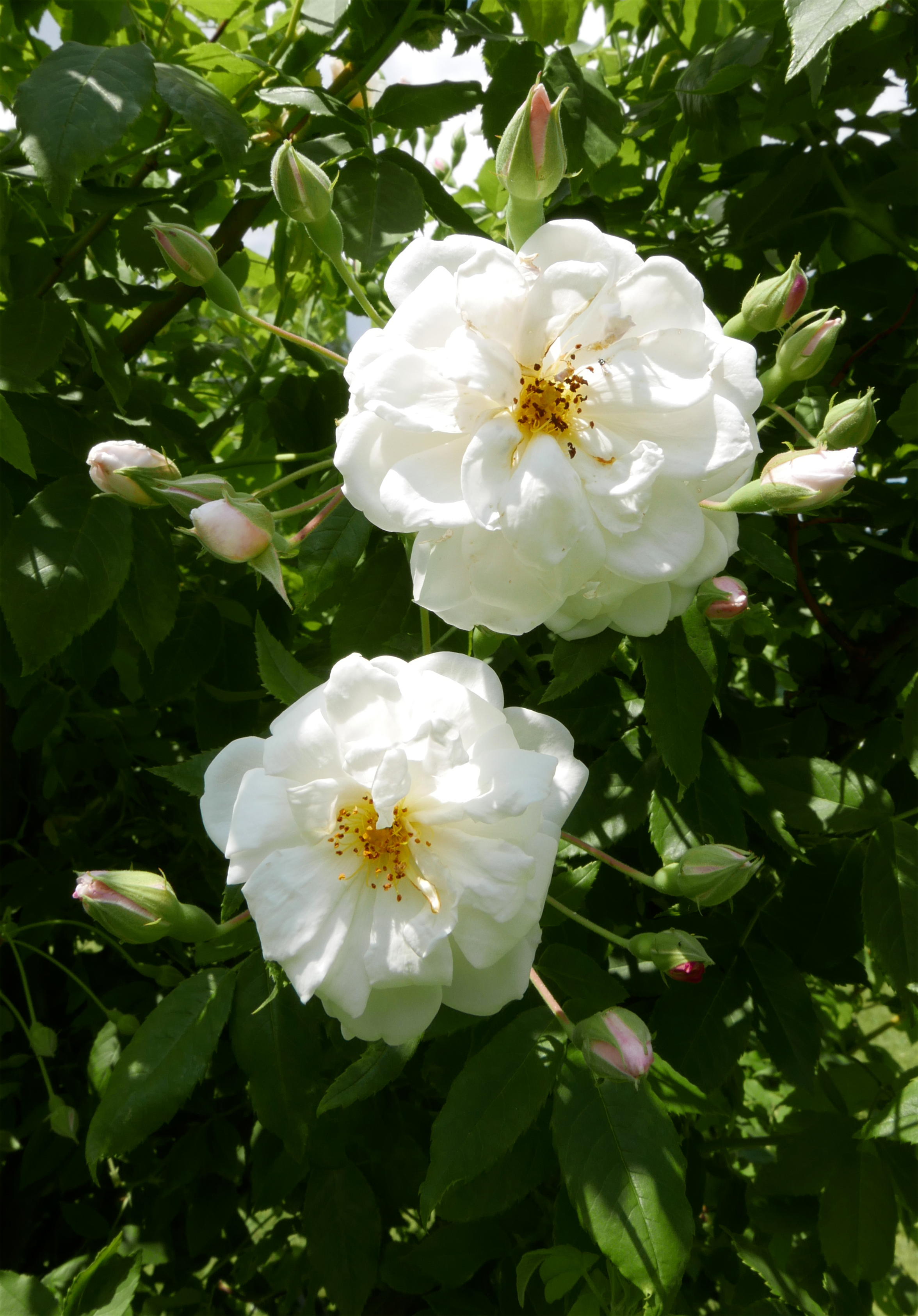
‘Princesse de Nassau’, Laffay, 1835
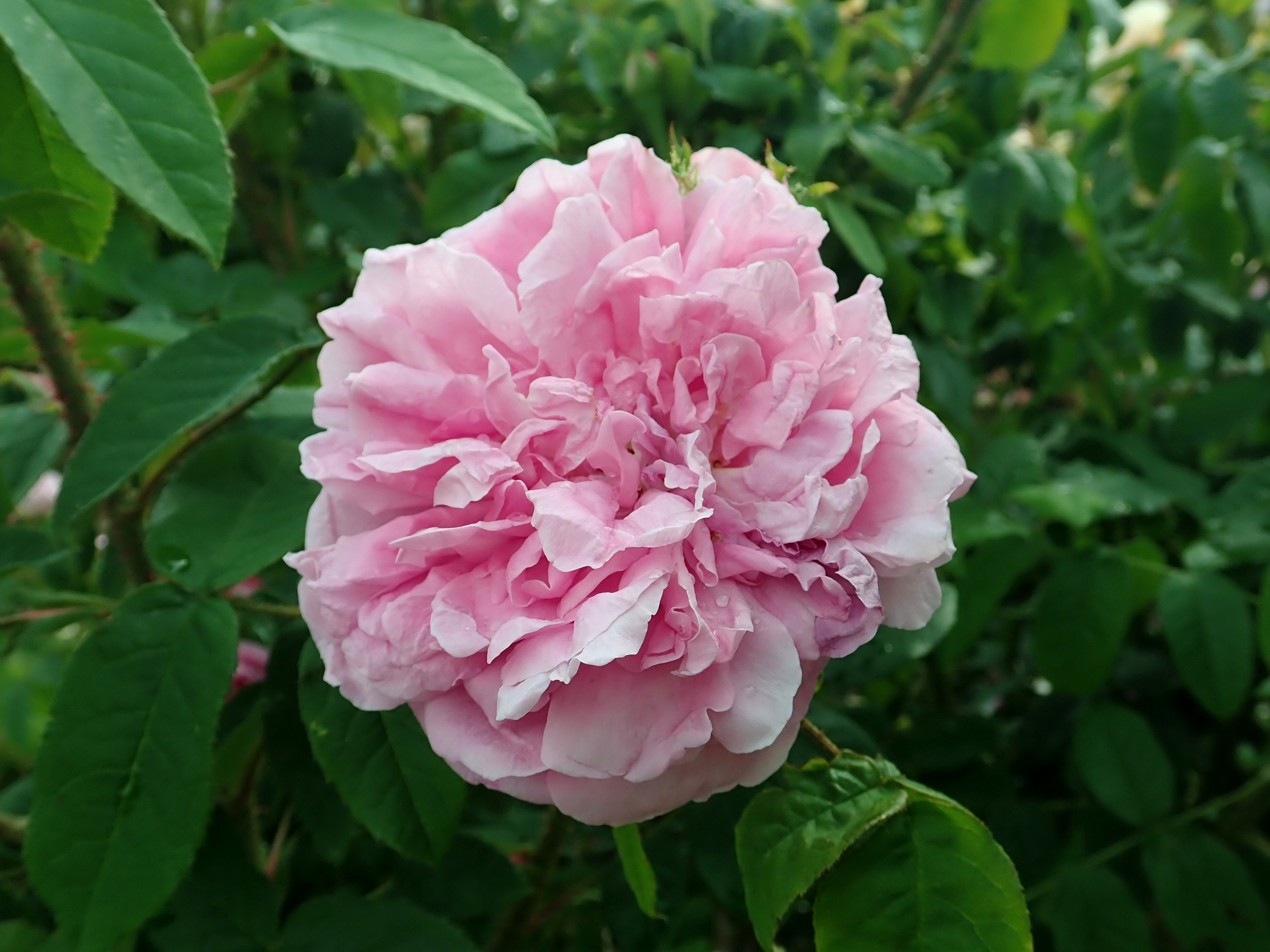
‘Princesse de Vaudémont’, Robert, 1854
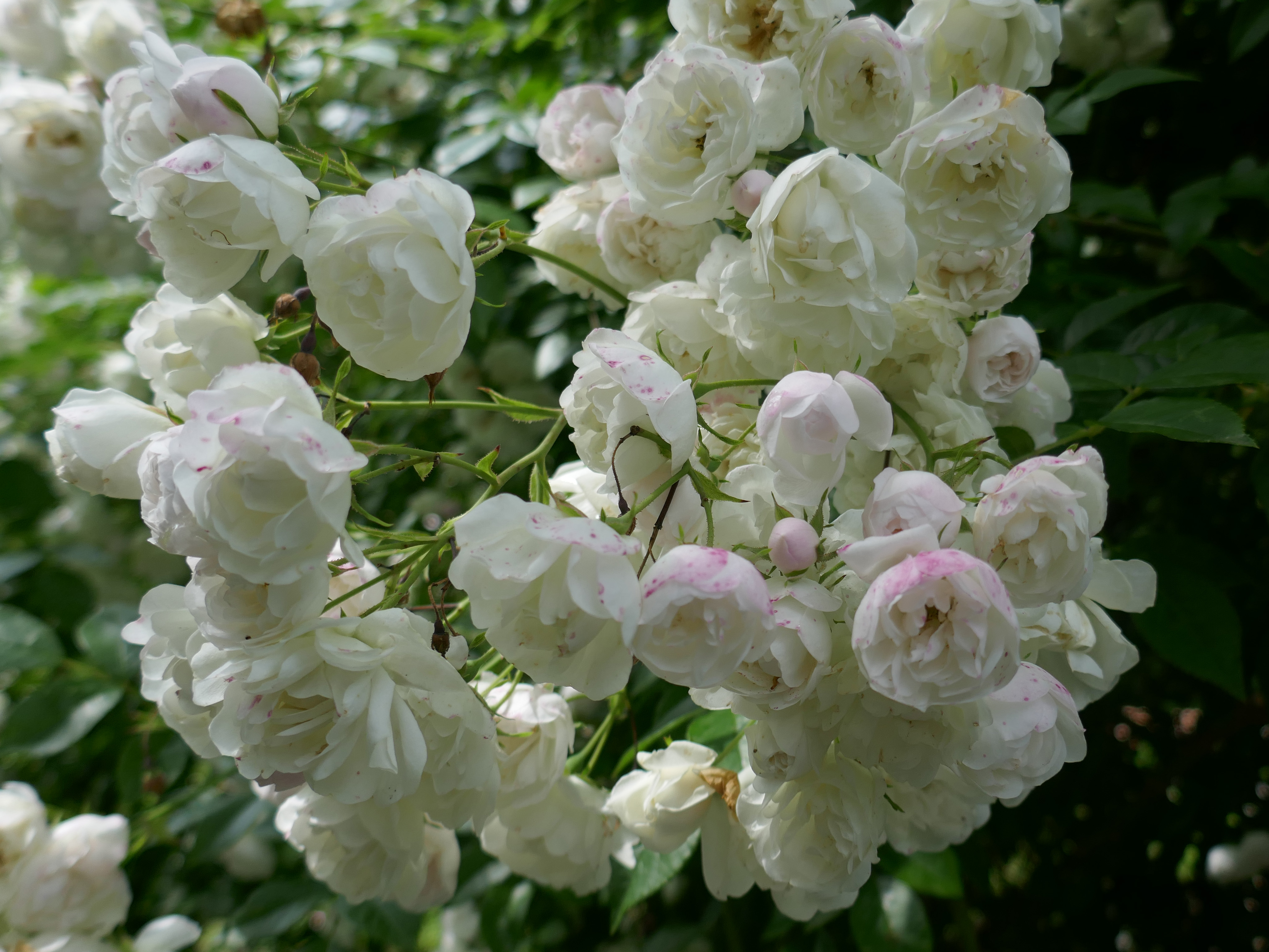
‘Princesse Louise’, Henri-Antoine Jacques, 1829
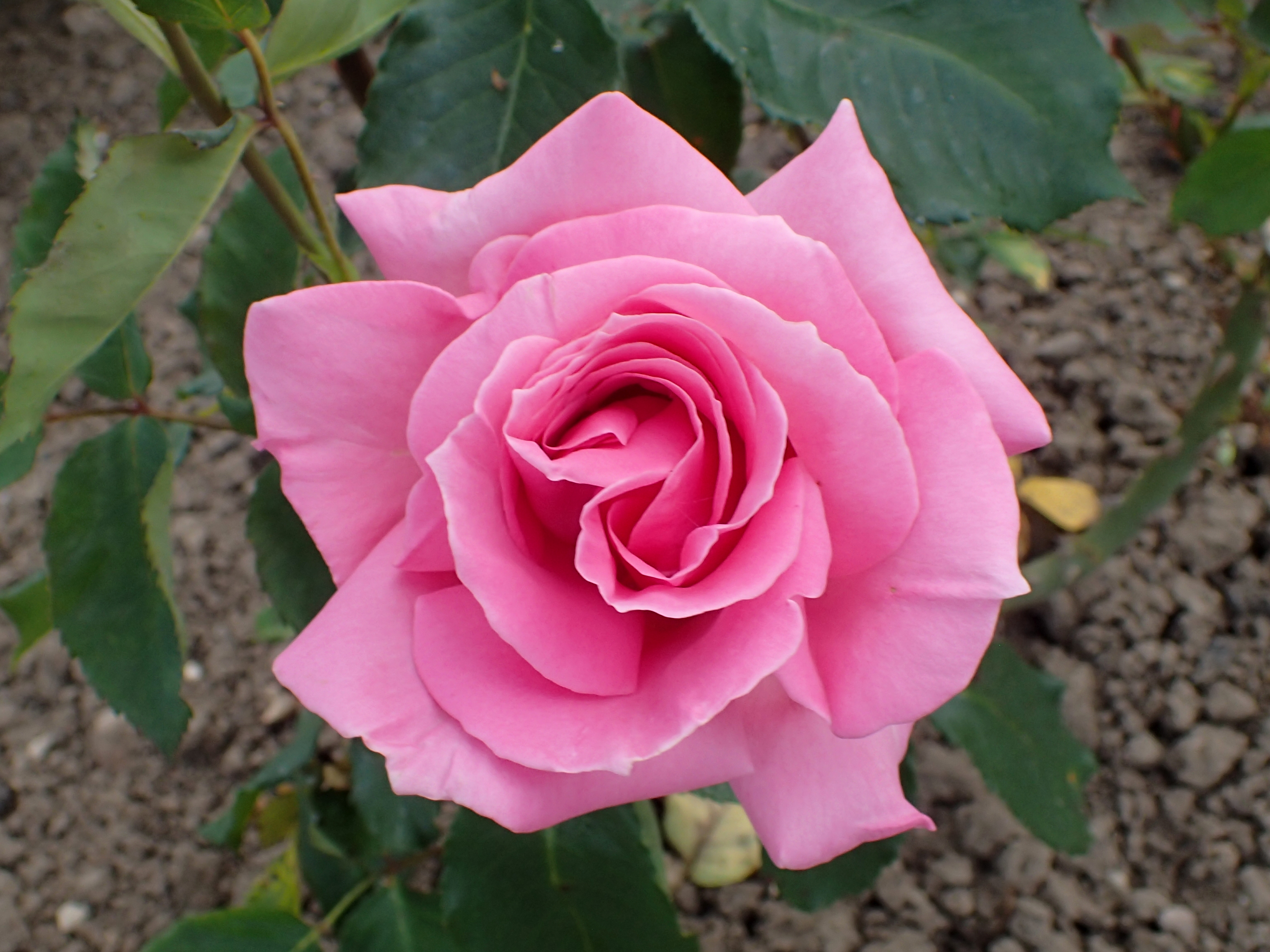
‘Princess Margaret’, Meilland, 1968
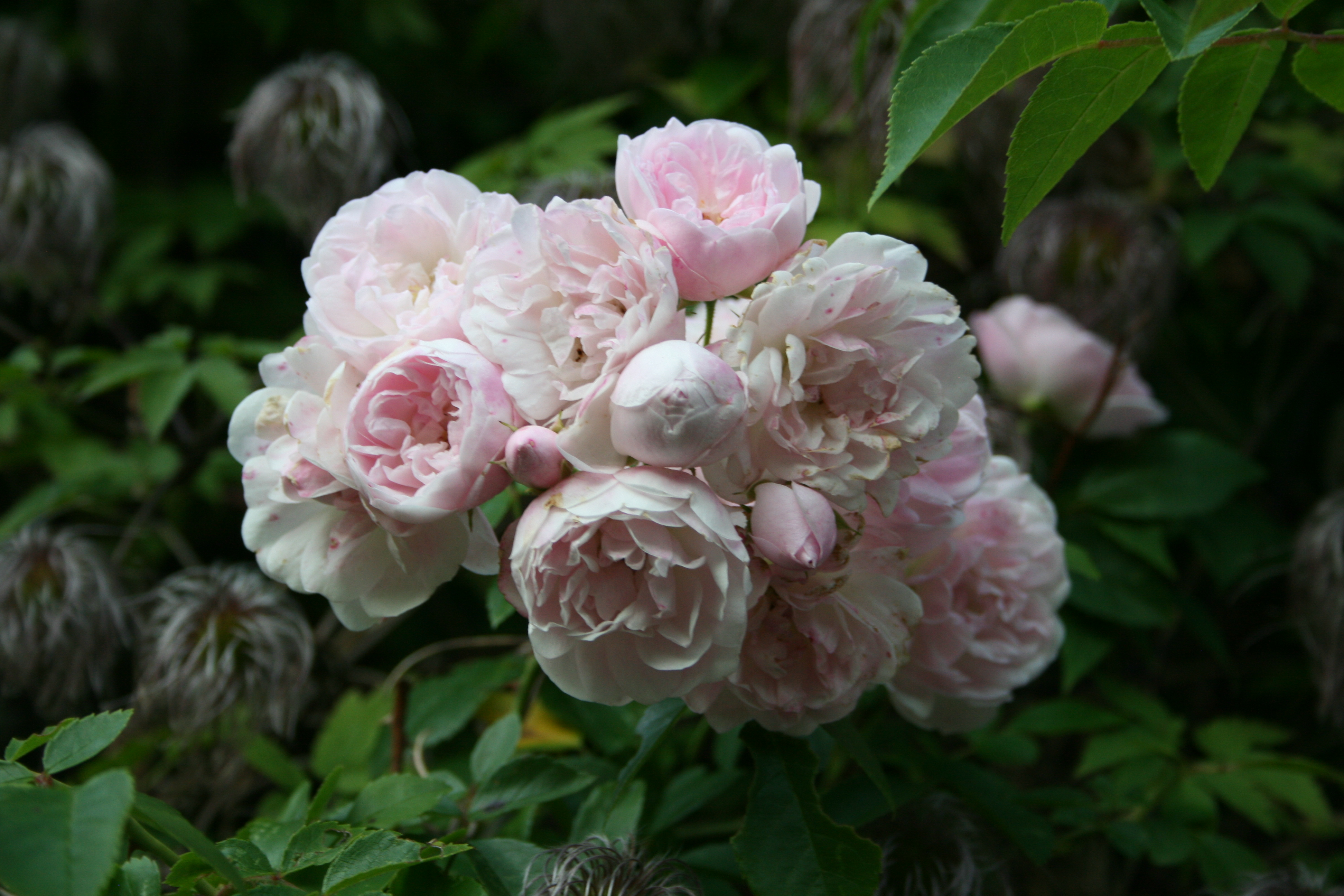
‘Princesse Marie’ (oder ‘Belvédère’), Henri-Antoine Jacques, 1829
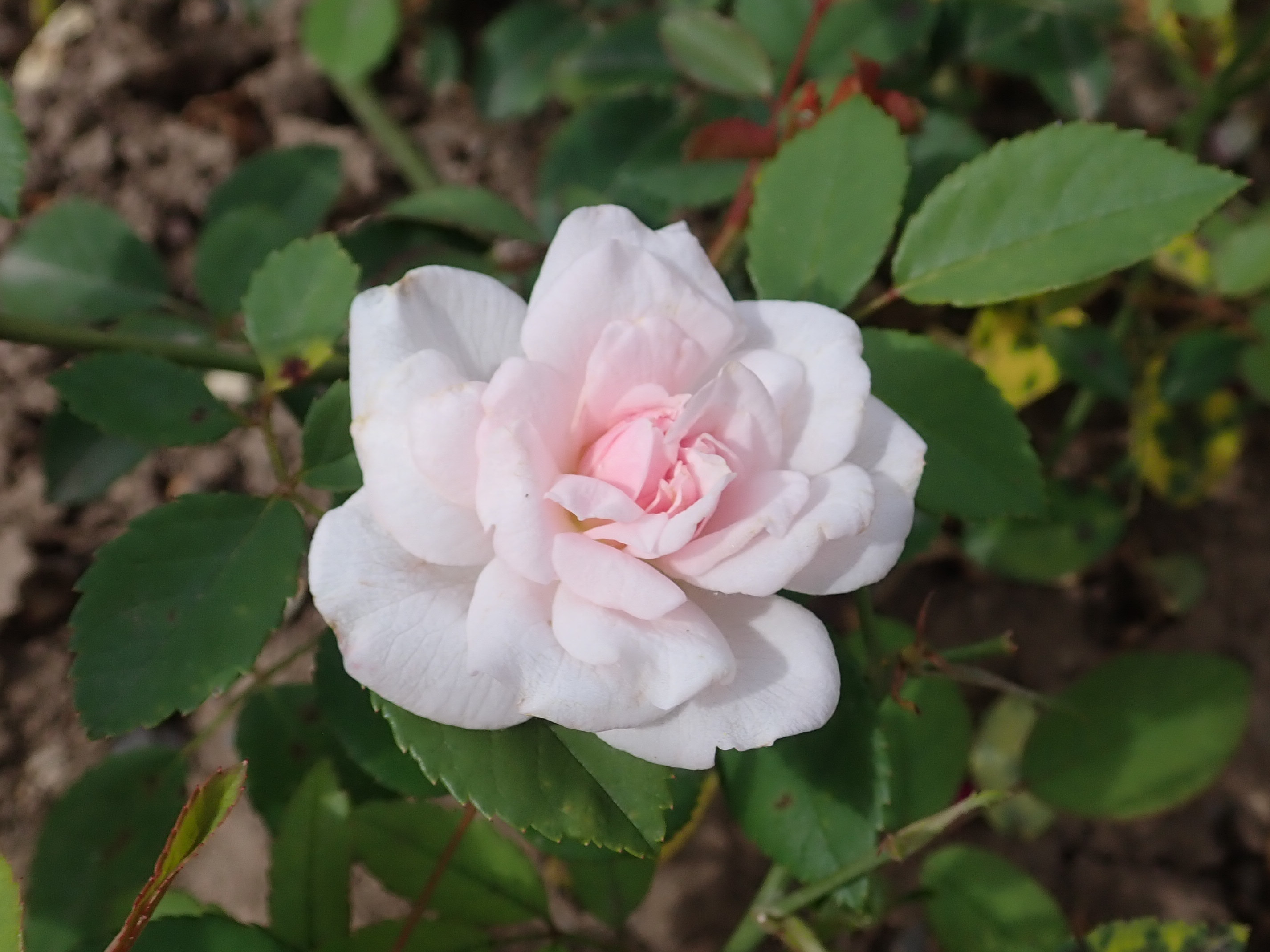
‘Princesse Marie-Adélaide de Luxembourg’, Soupert & Notting, 1895
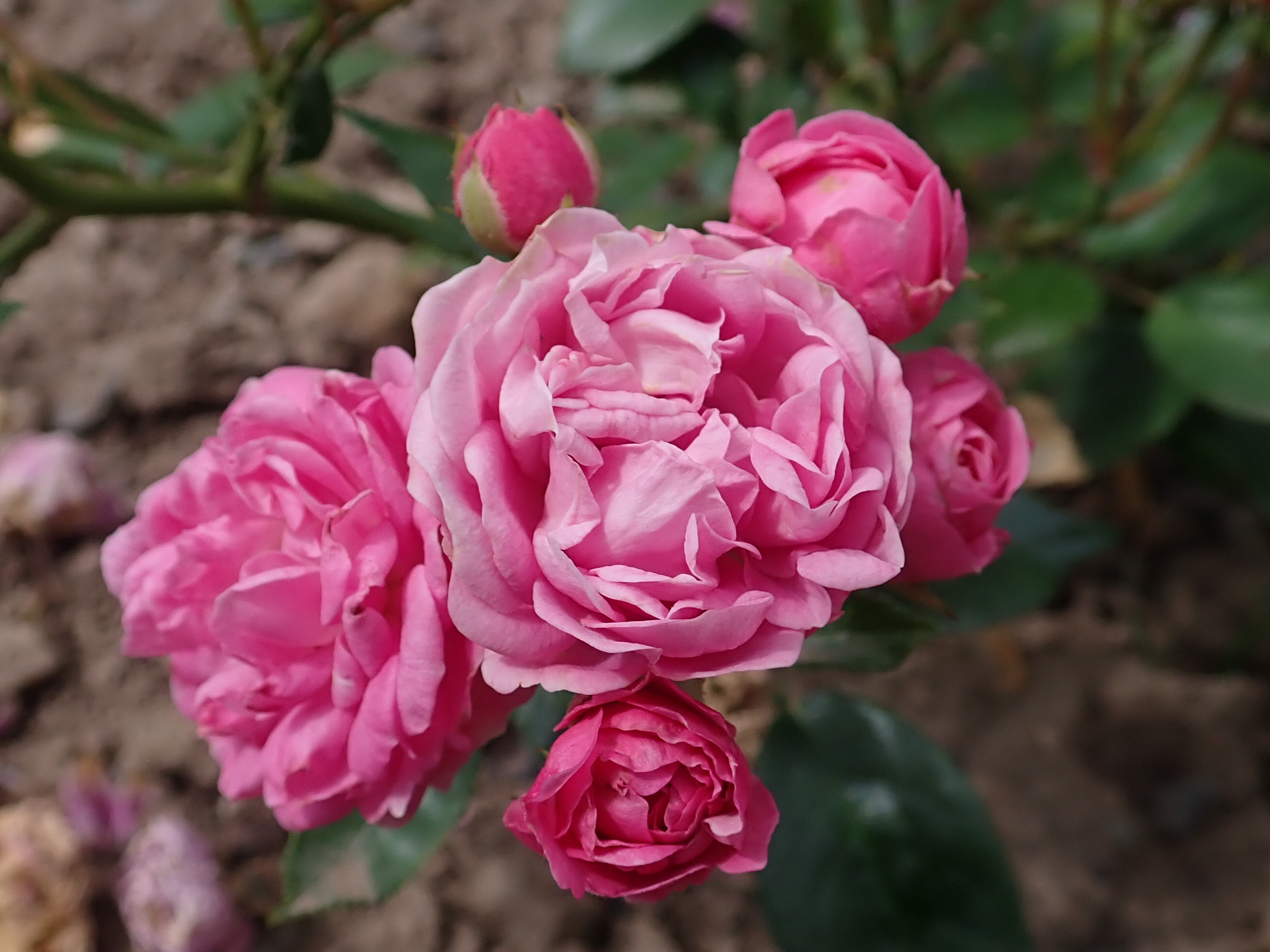
‘Princess Marie José’, Opdebeeck, 1924
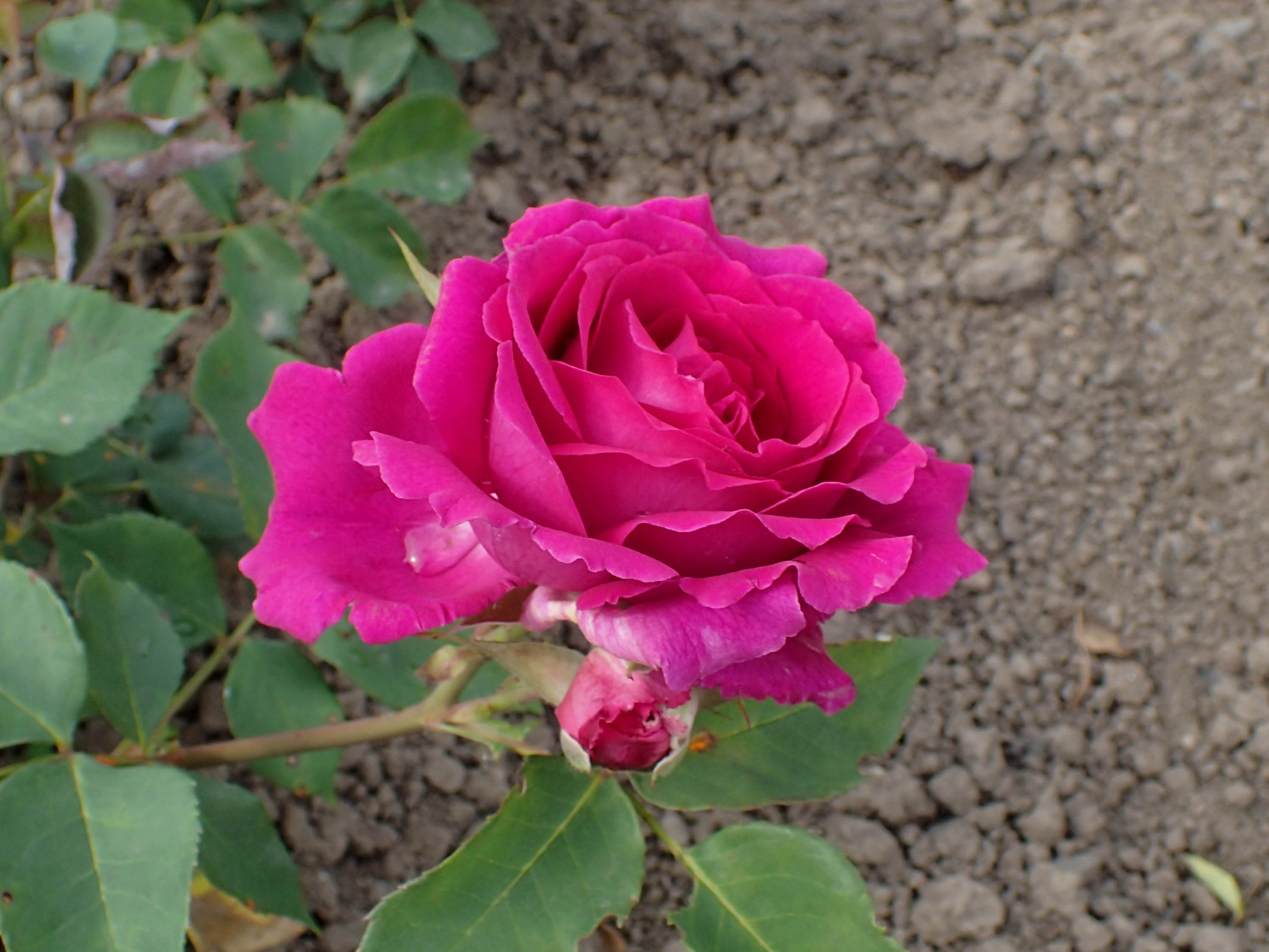
‘Princess Nagako’, Pemberton, 1922
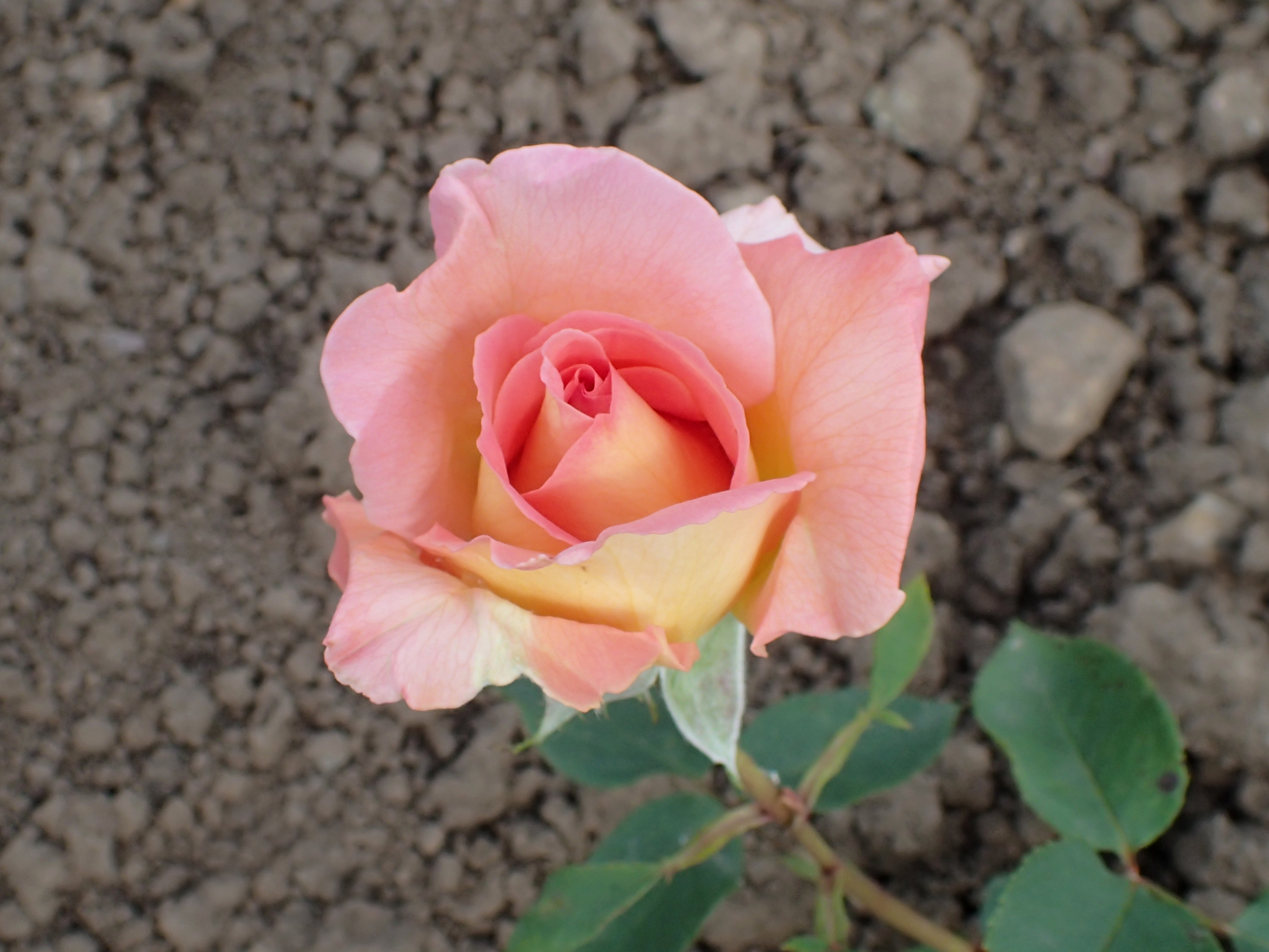
‘Printemps’, Mallerin, 1948
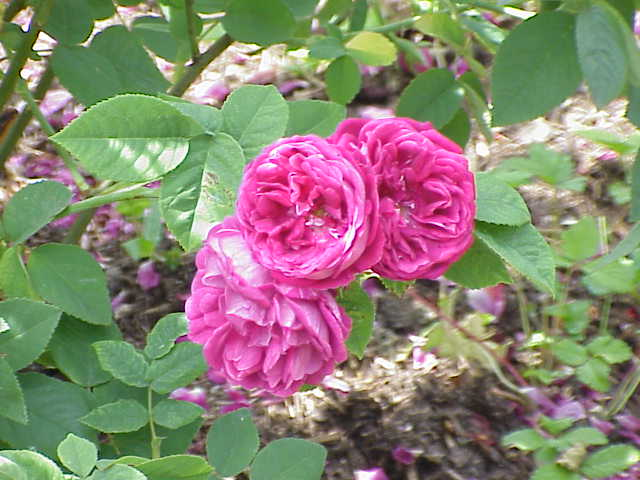
‘Prinz Charles’, Hardy, 1842
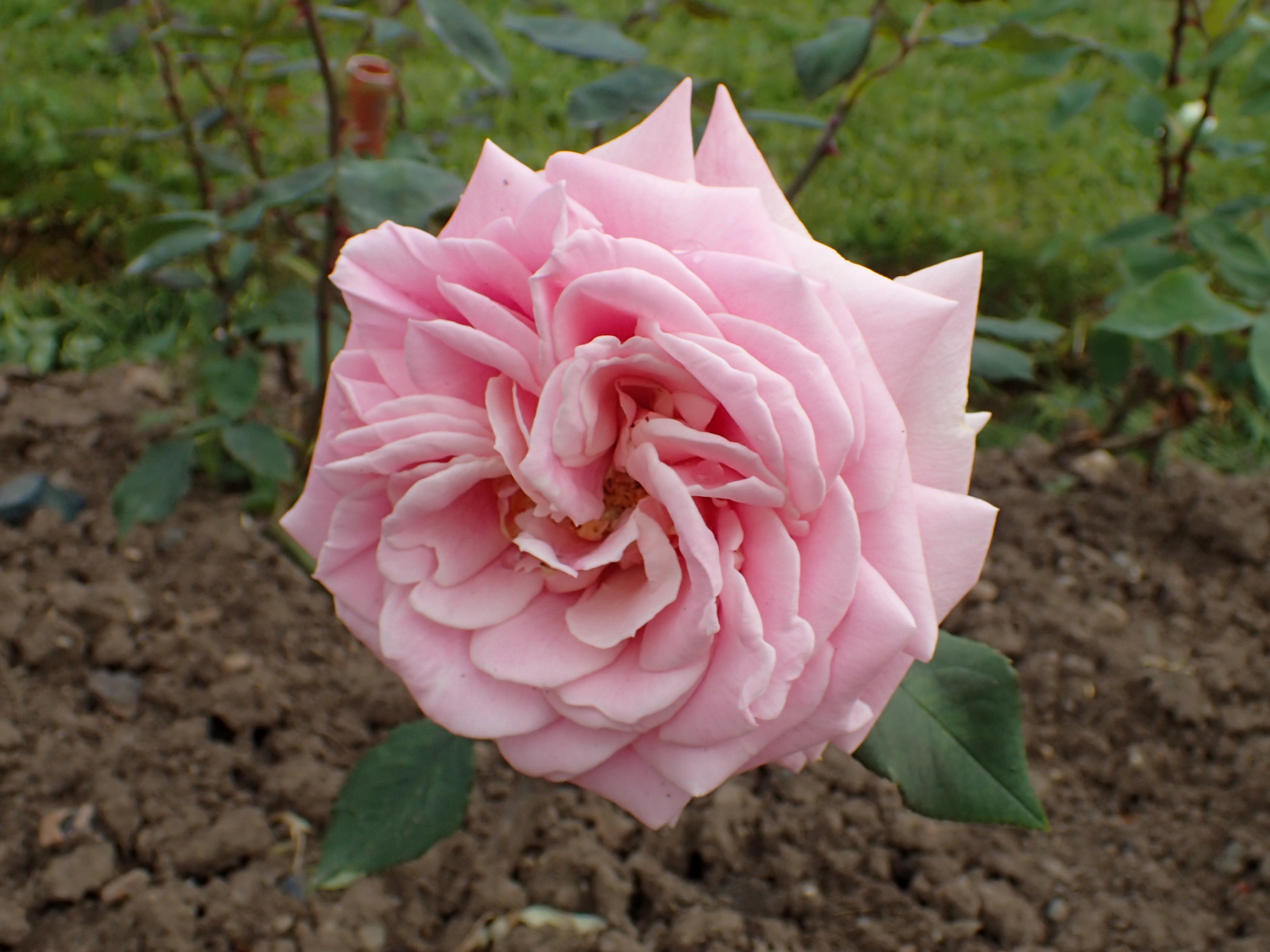
‘Prinz Hamlet’, Mohr, 1927
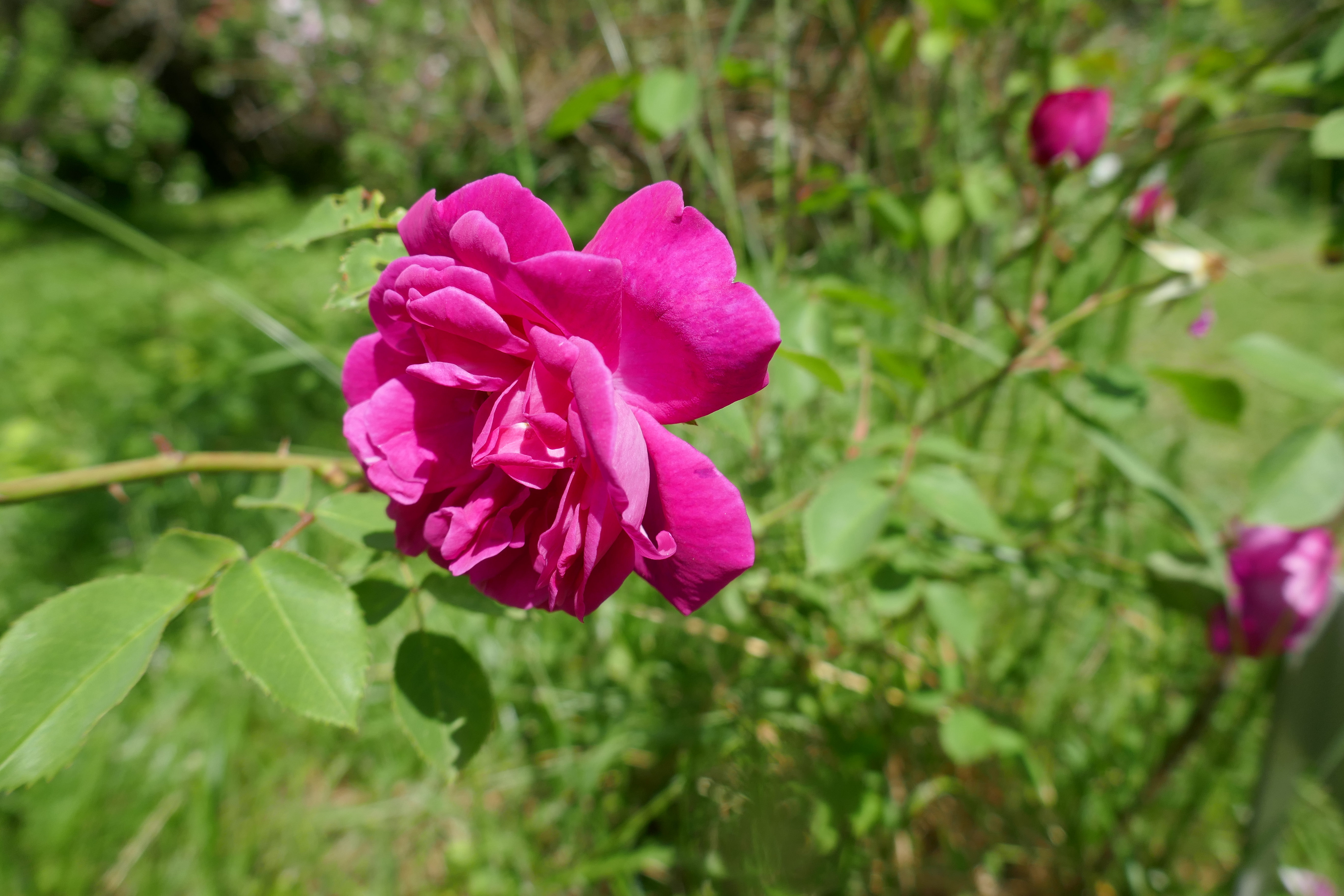
‘Prinz Hirzeprinzchen’, Geschwind, 1912
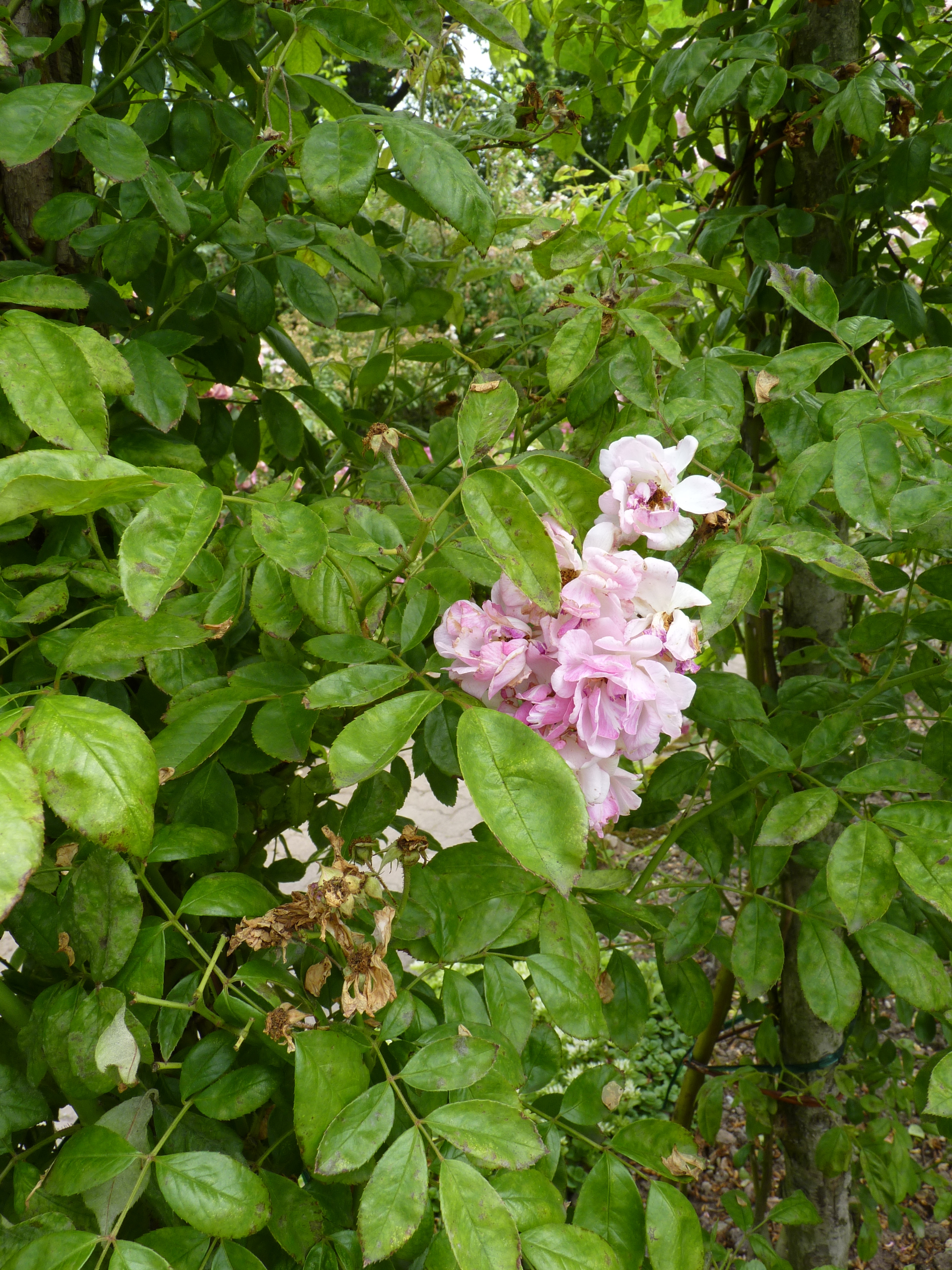
‘Professor C. S. Sargent’, Hoopes & Thomas, 1903
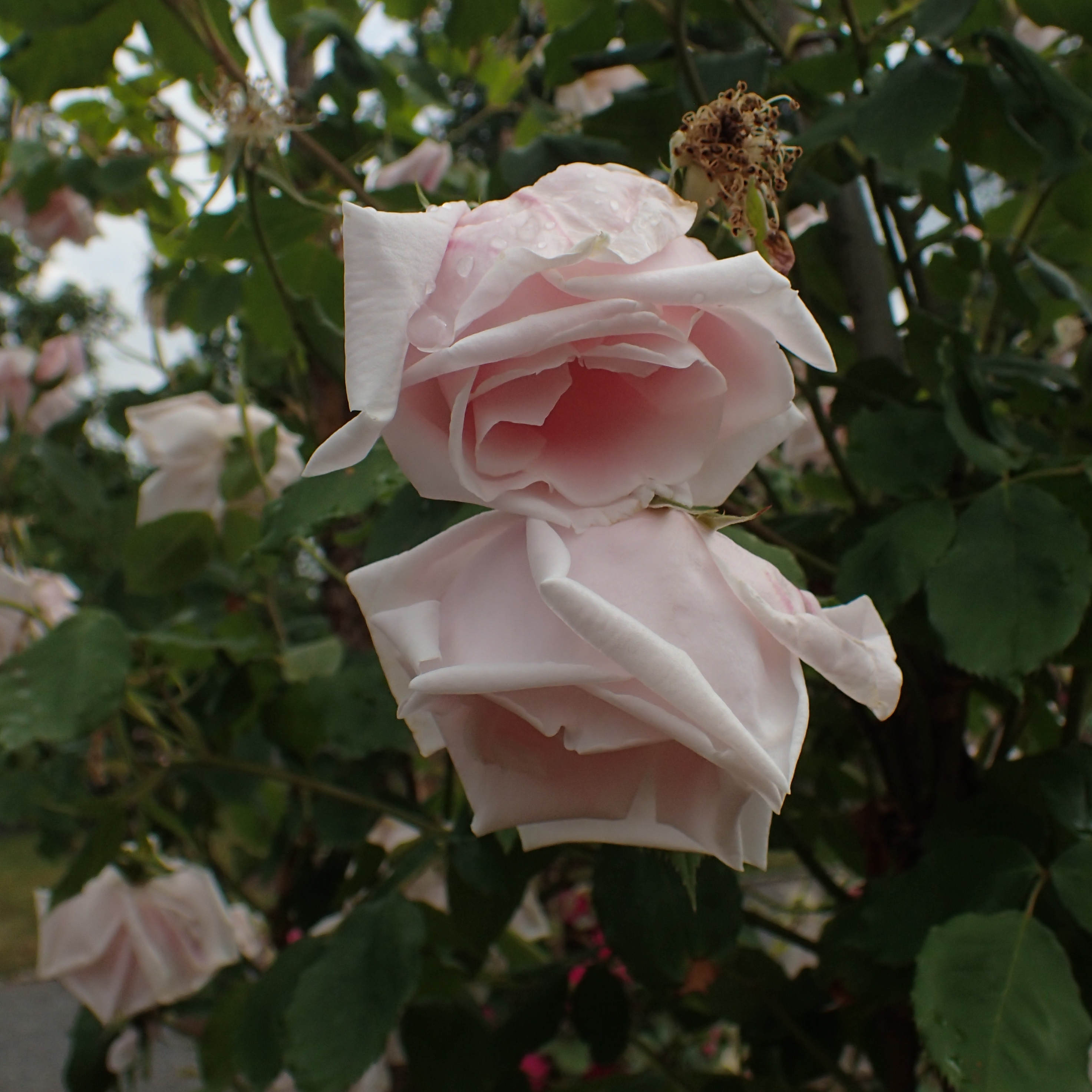
‘Professor Dr. Hans Molisch’, Arpad Mühle, 1923
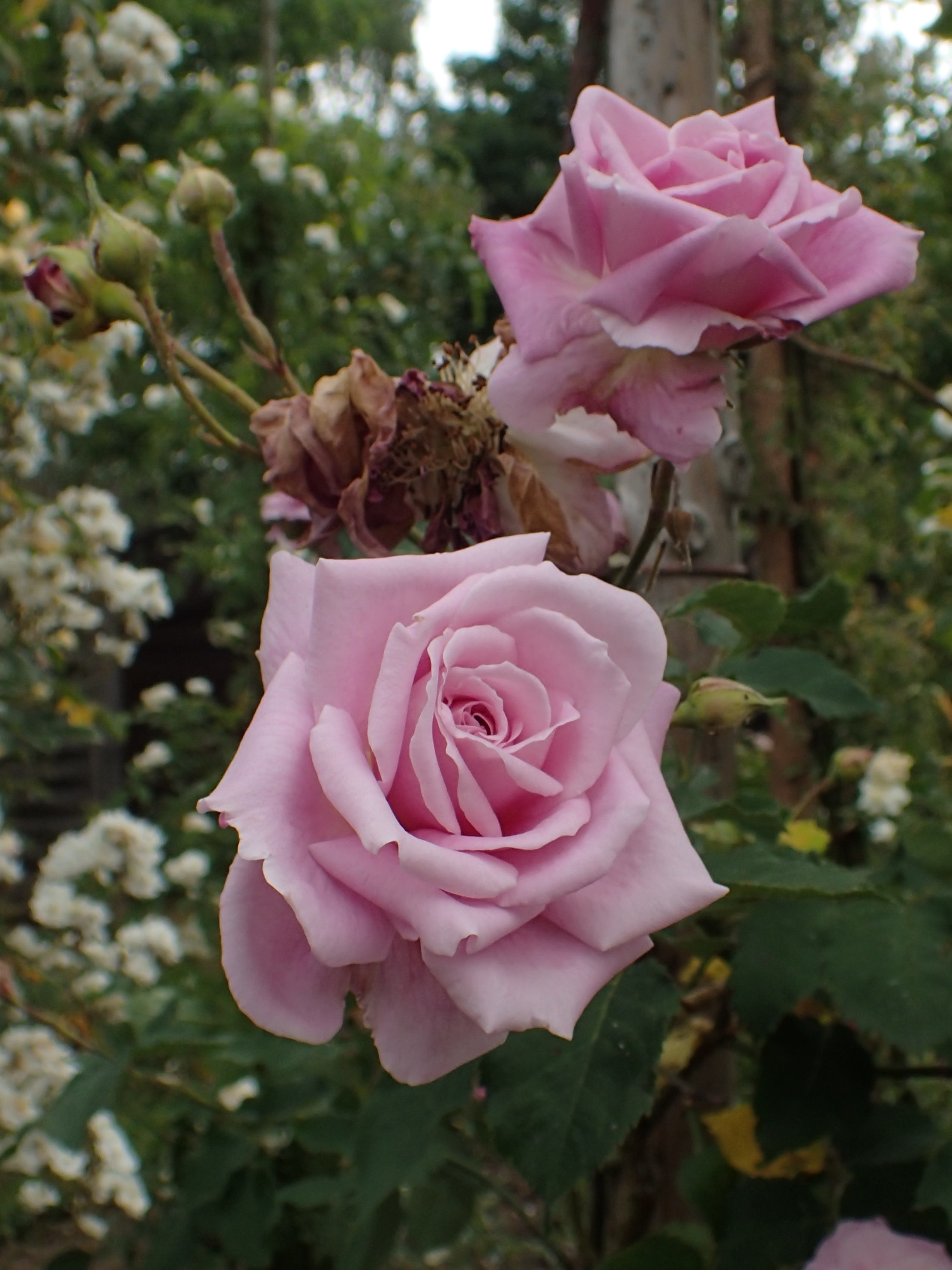
‘Professor Ibrahim’, Max Krause, 1937
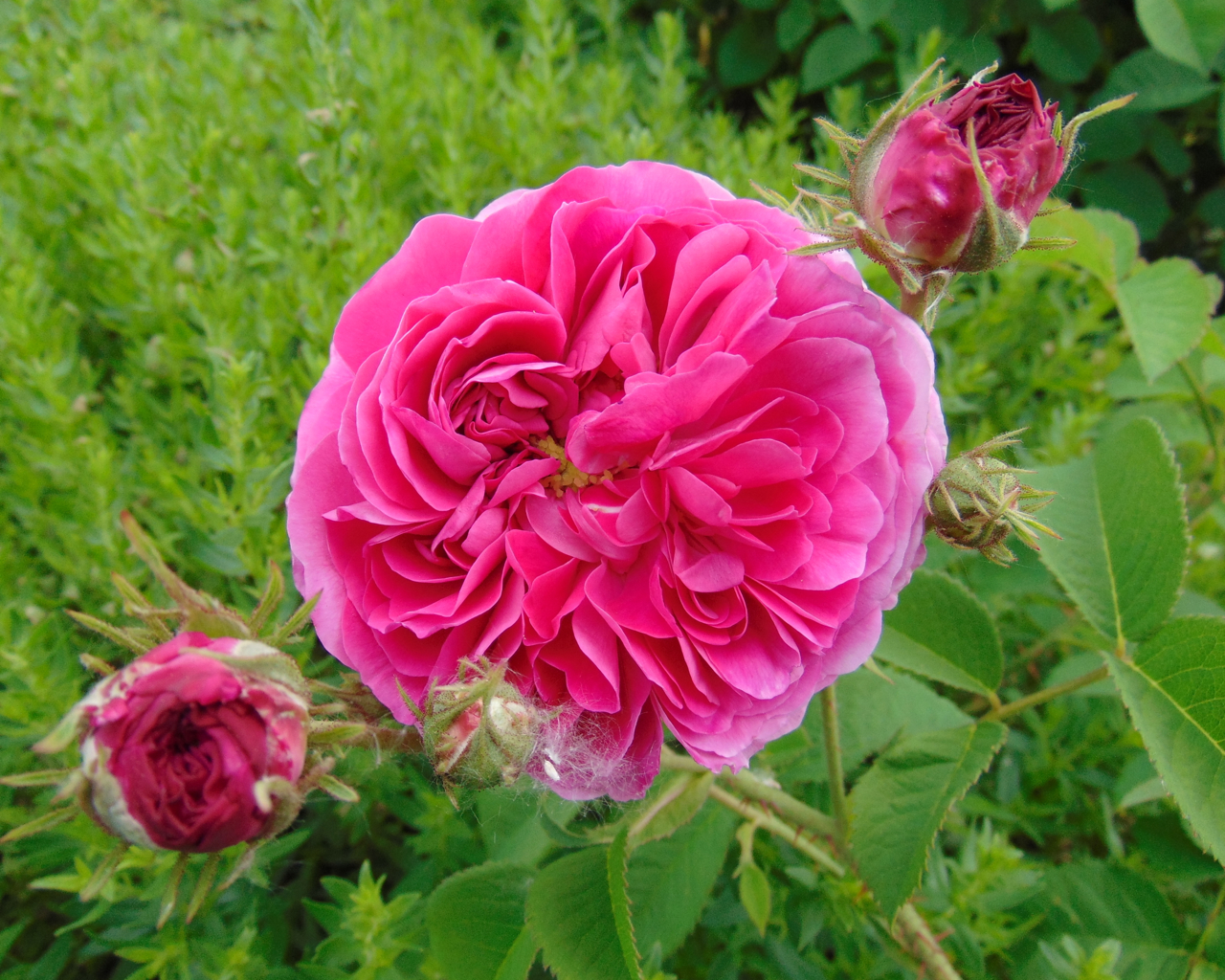
‘Prolifera de Redouté’, vor 1759
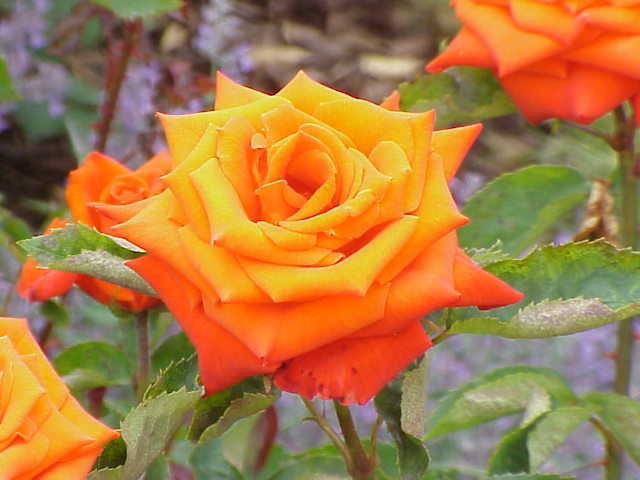
‘Prominent’ Kordes, 1971
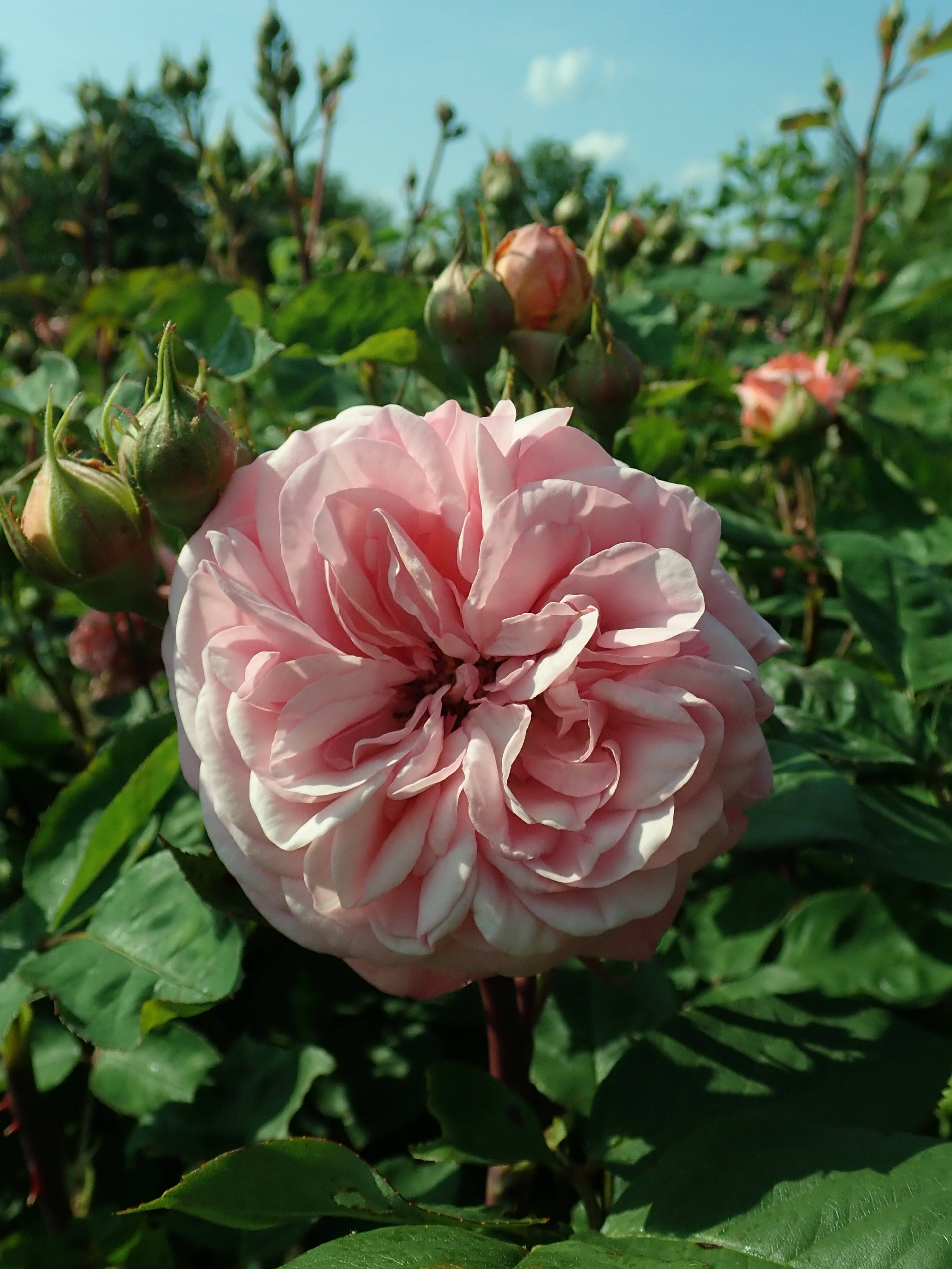
‘Proud Bride’, David Austin, 1982
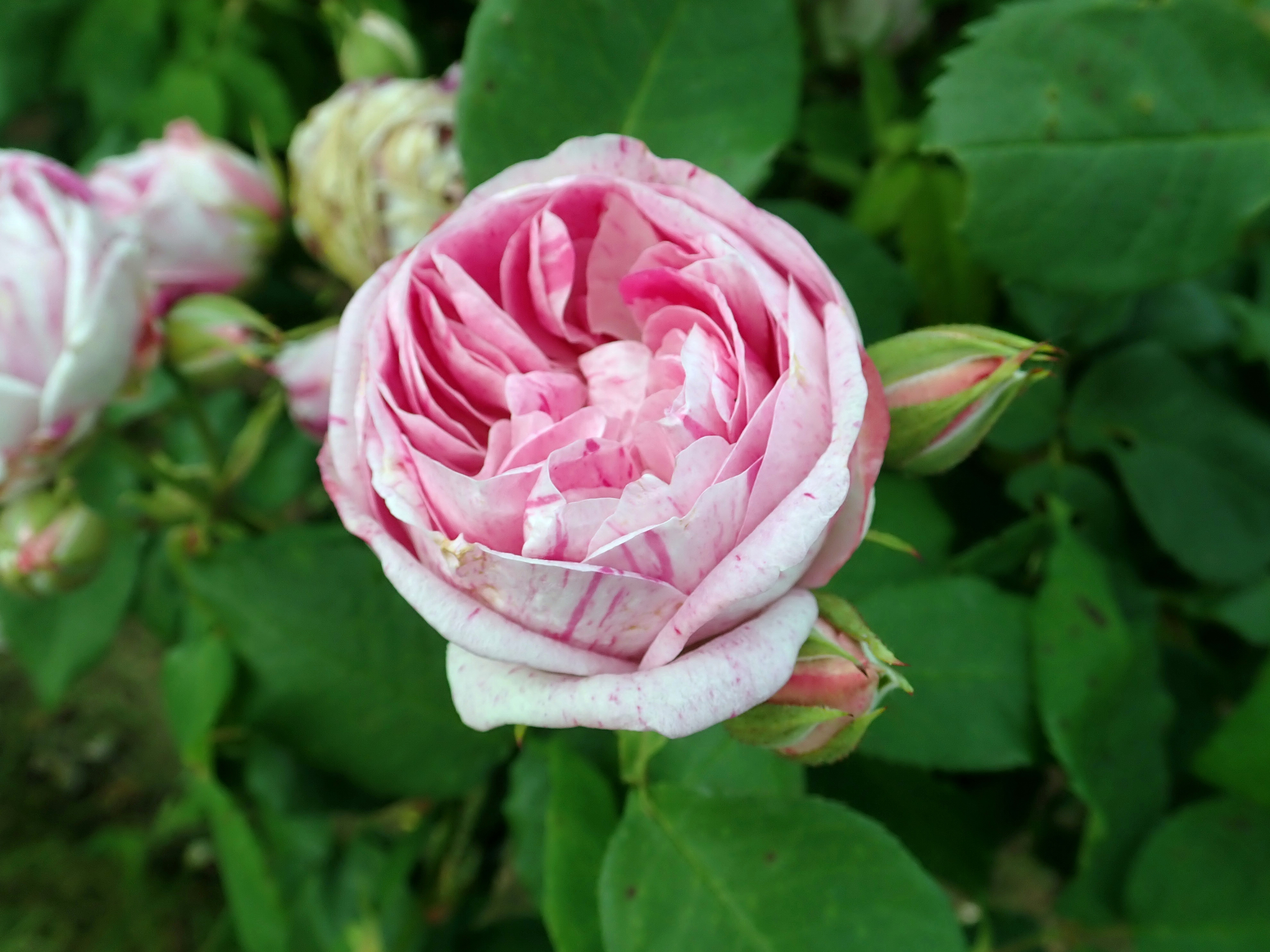
‘Provins Panaché’, Fontaine, um 1860
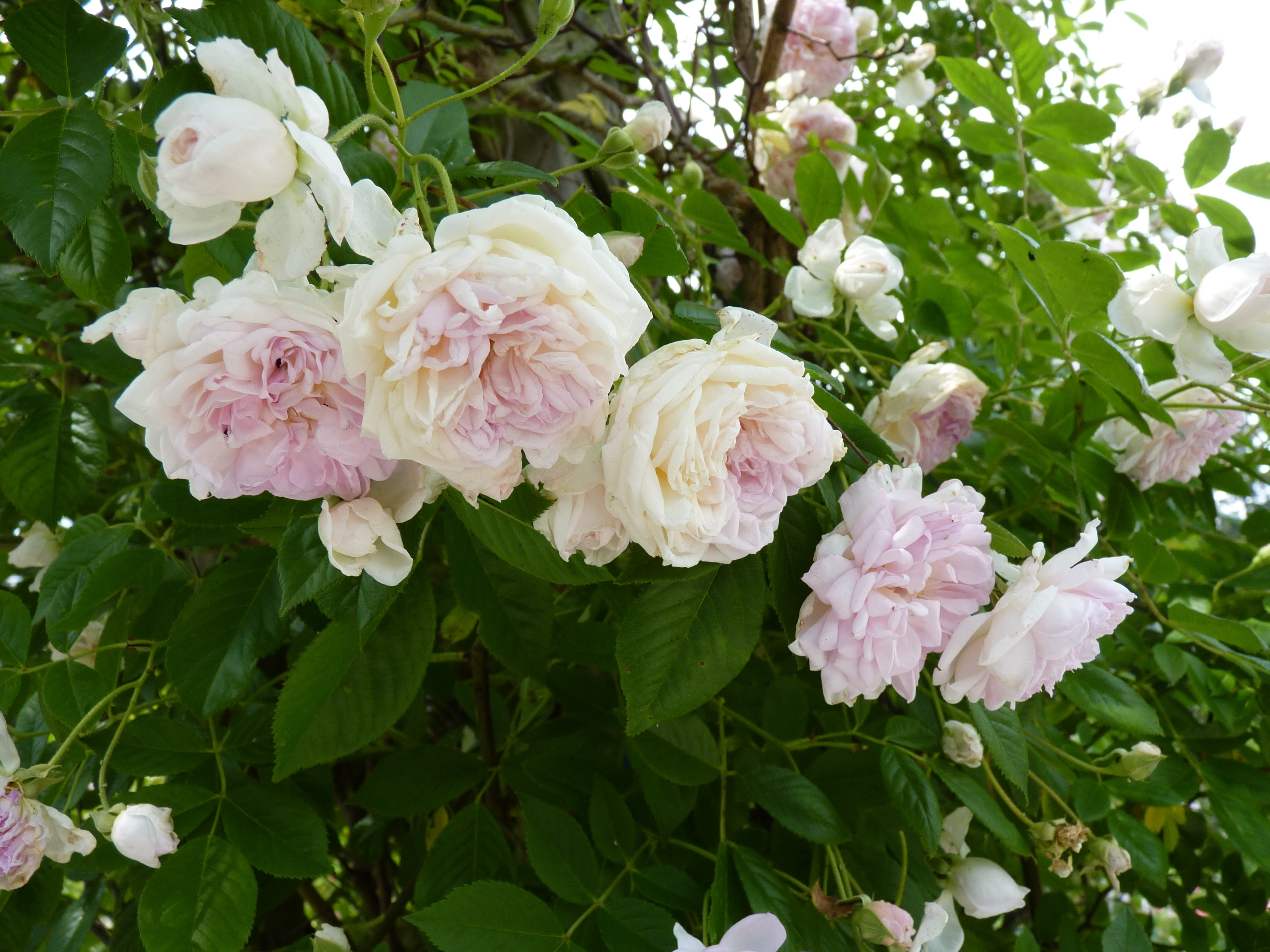
‘Psyche’, George Paul, 1899
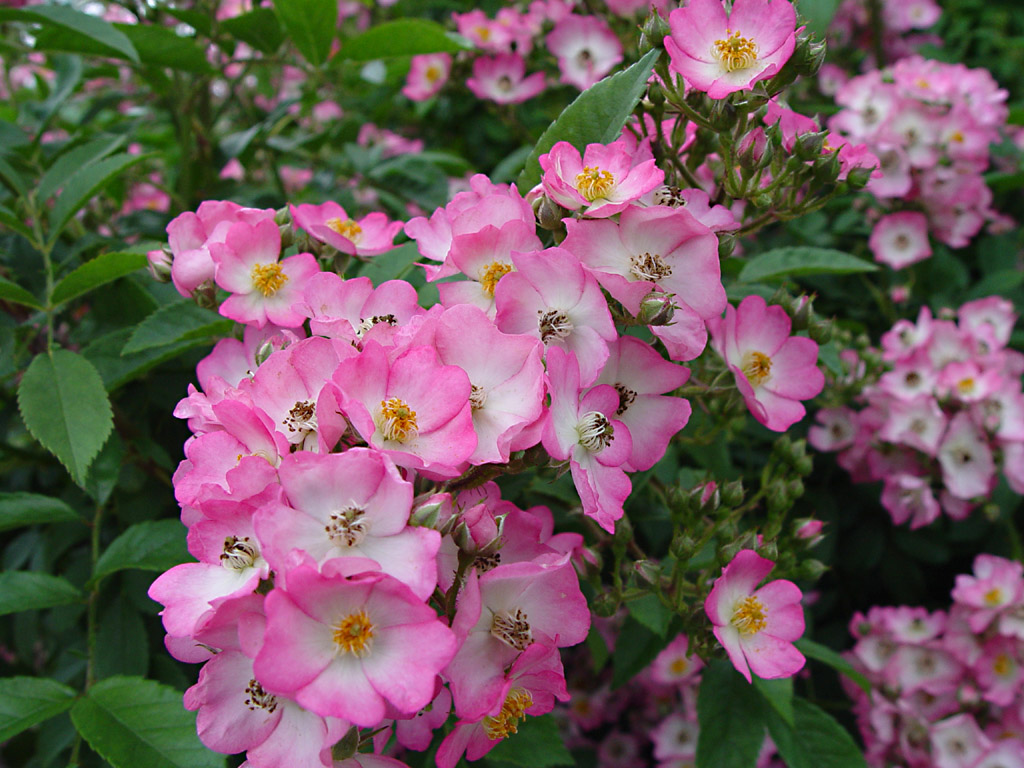
‘Puccini’, Louis Lens, 1982
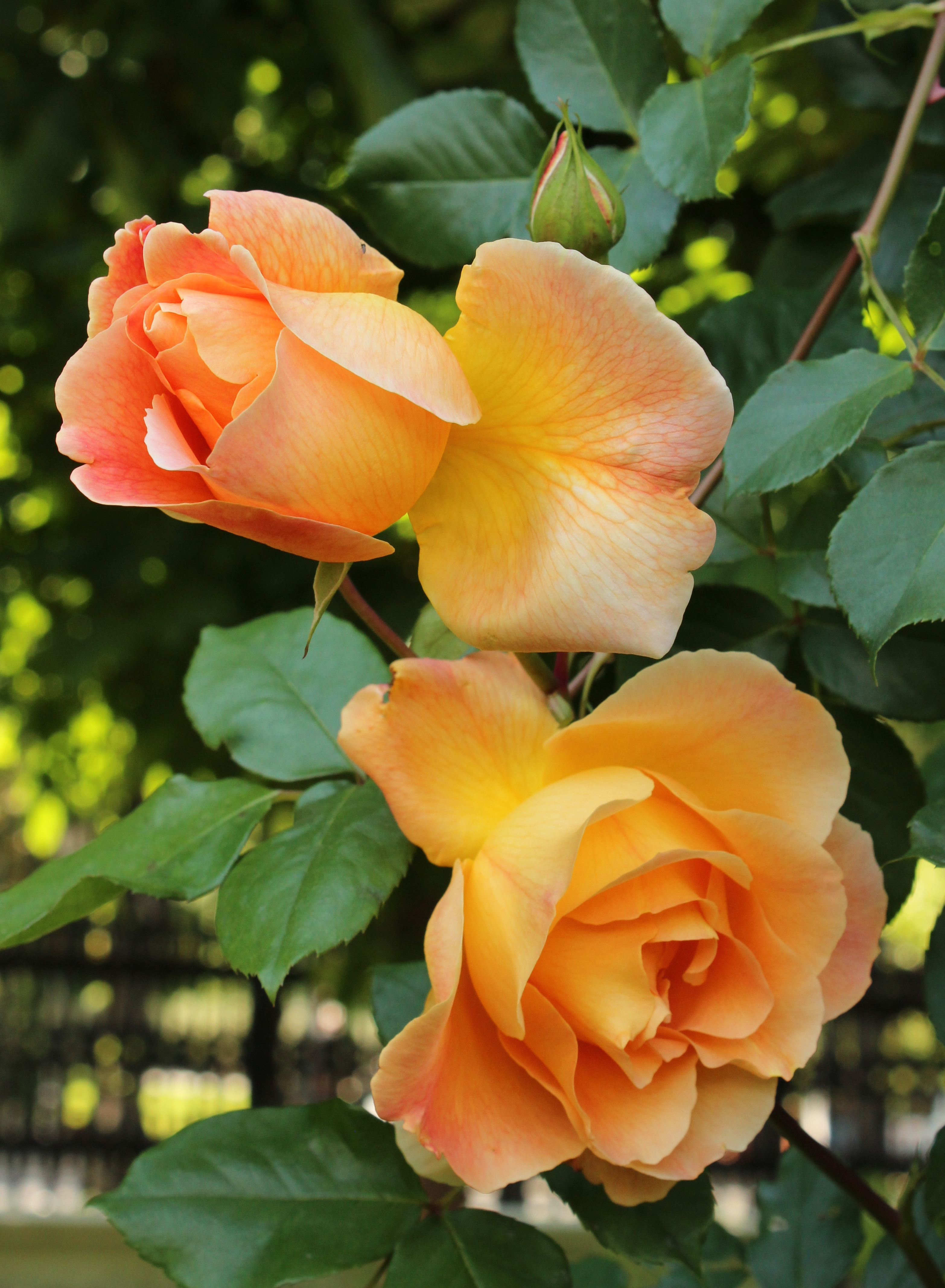
‘Puerta del Sol’, Delbard, 1971
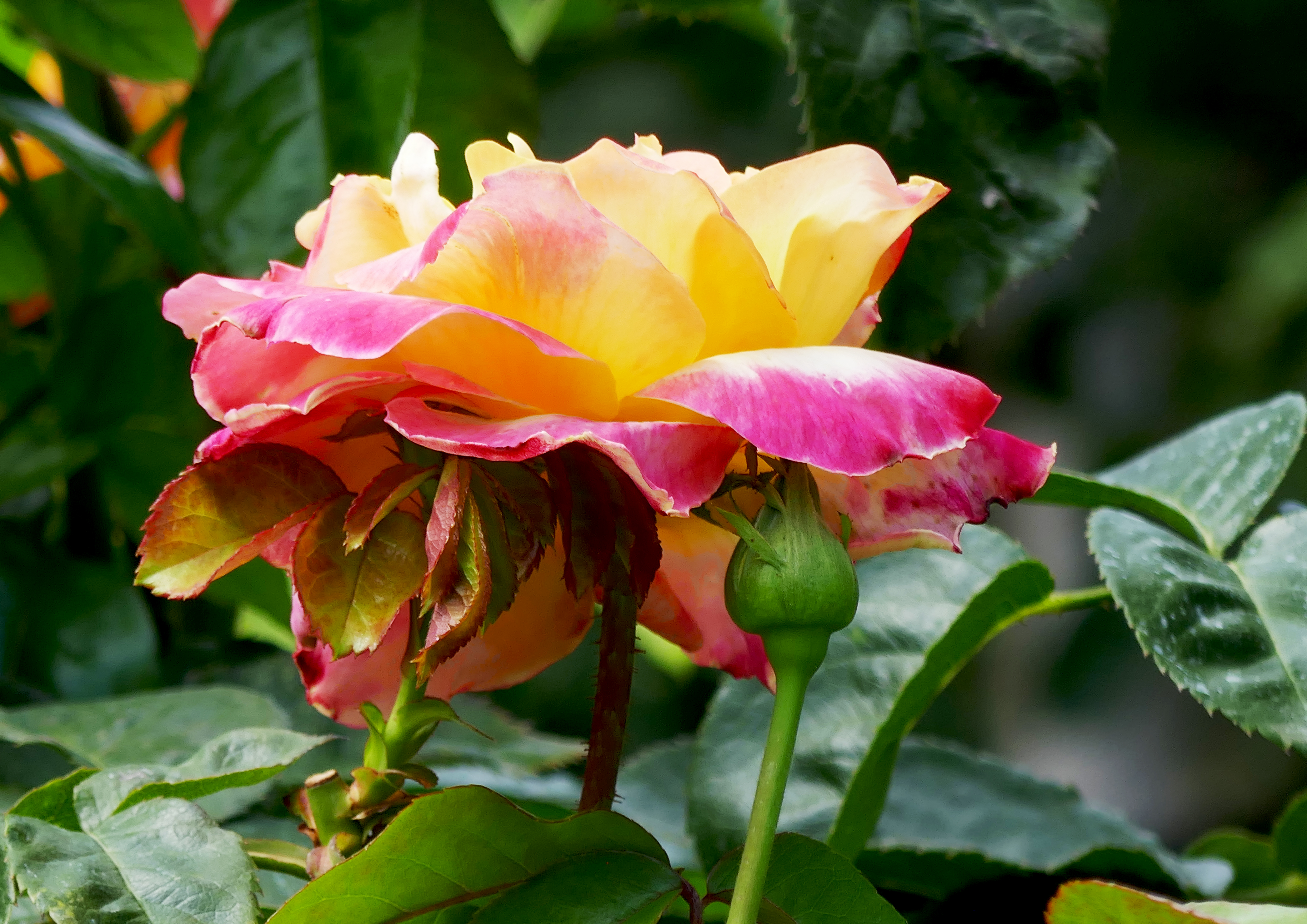
‘Pullman Orient Express’, Lim & Twomey, 2001
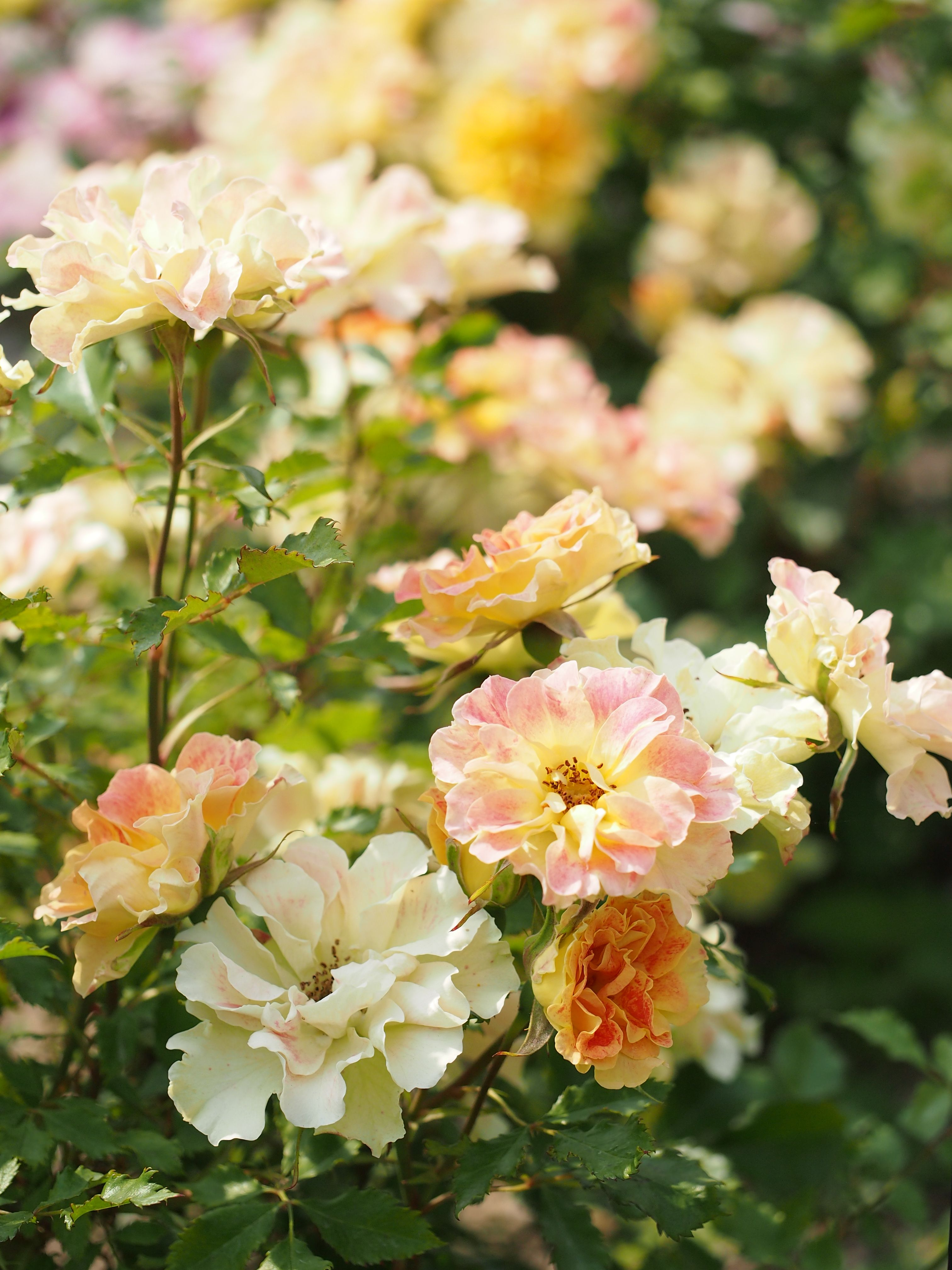
‘Pur Caprice’ (oder ‘Chameleon’), Delbard, 1997
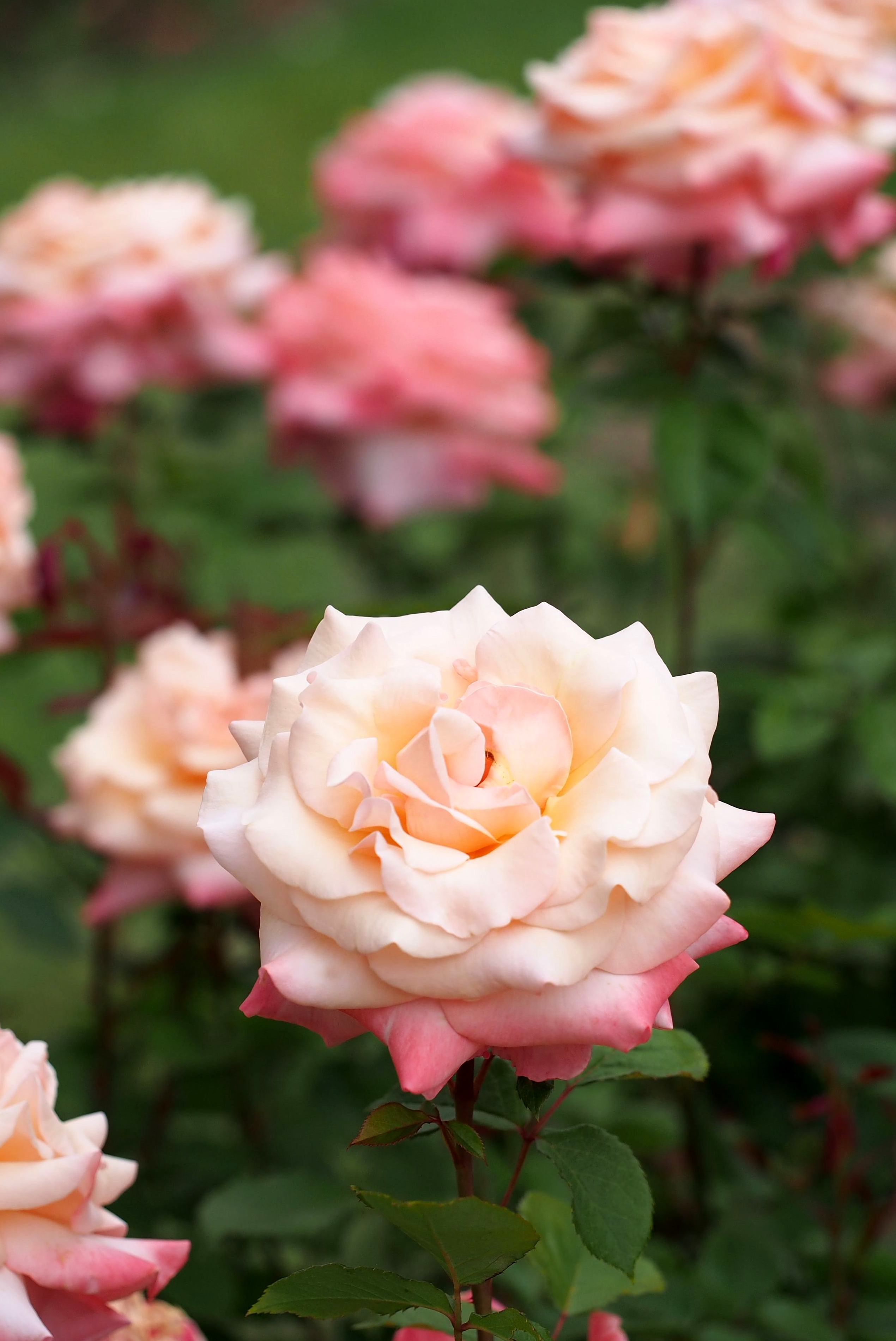
‘Pure Bliss’, Colin Dickson, 1986
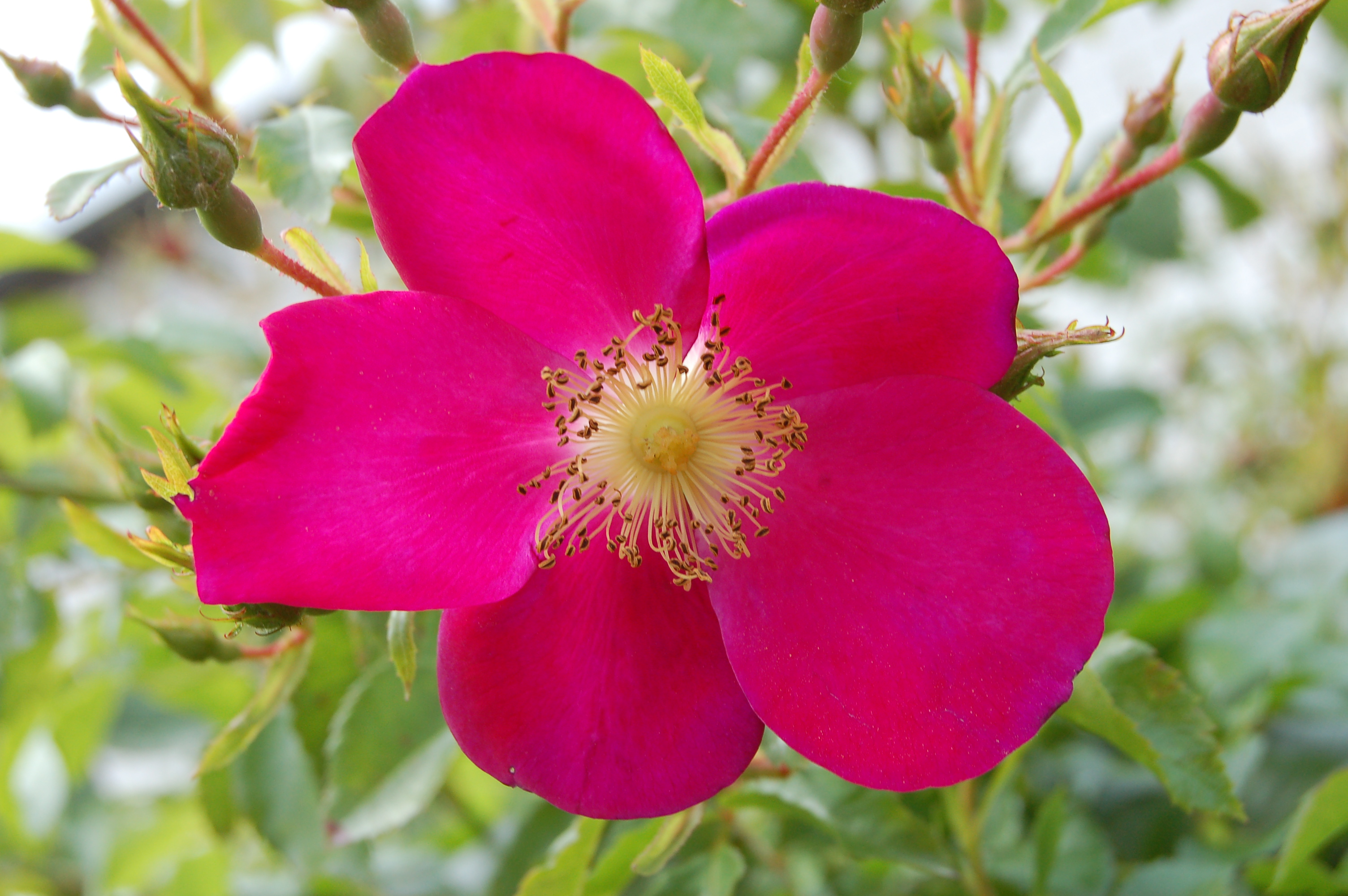
‘Purple Haze’, Tantau, 1998
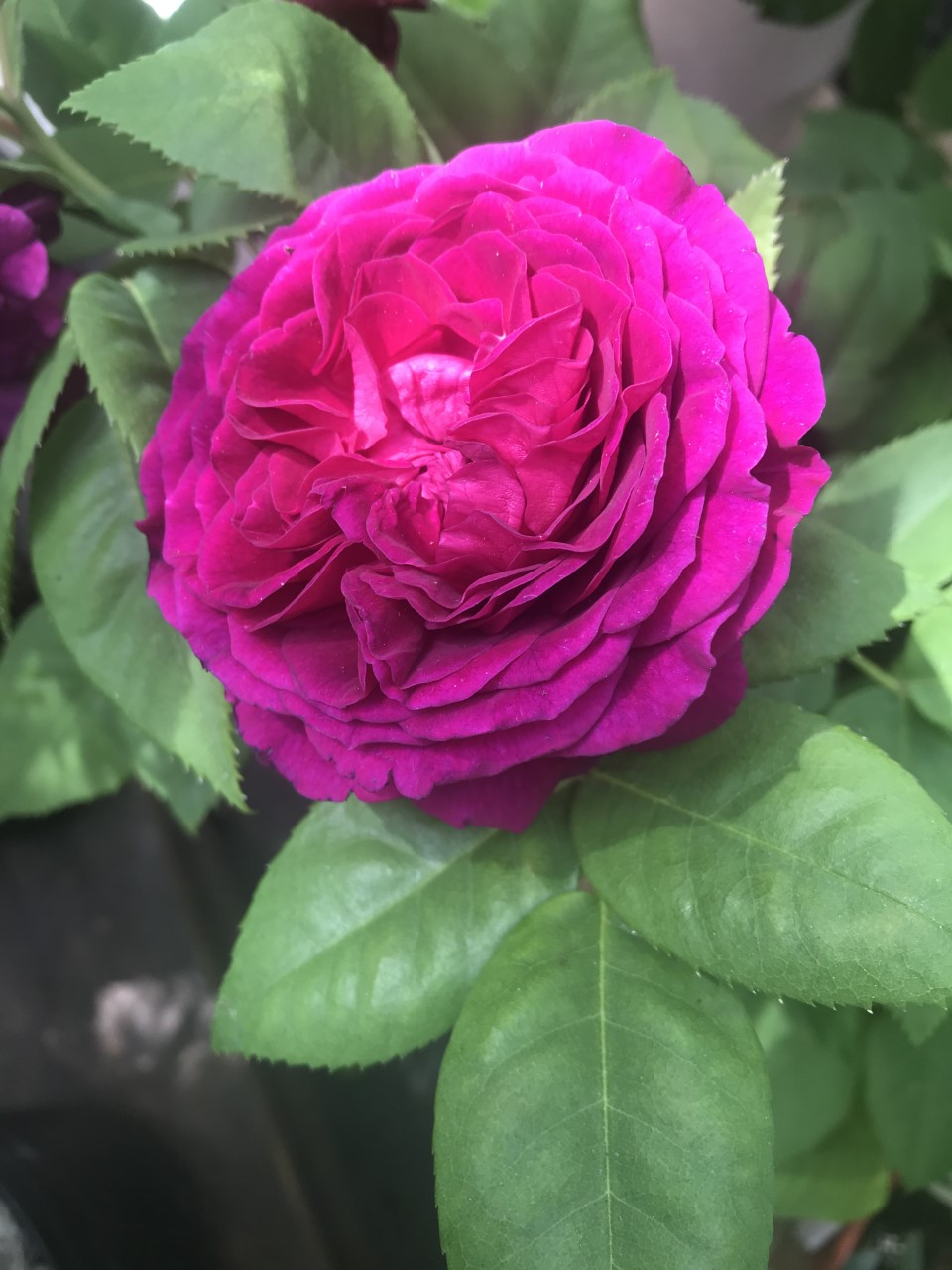
‘Purple Lodge’, Pierre Orard, vor 2007
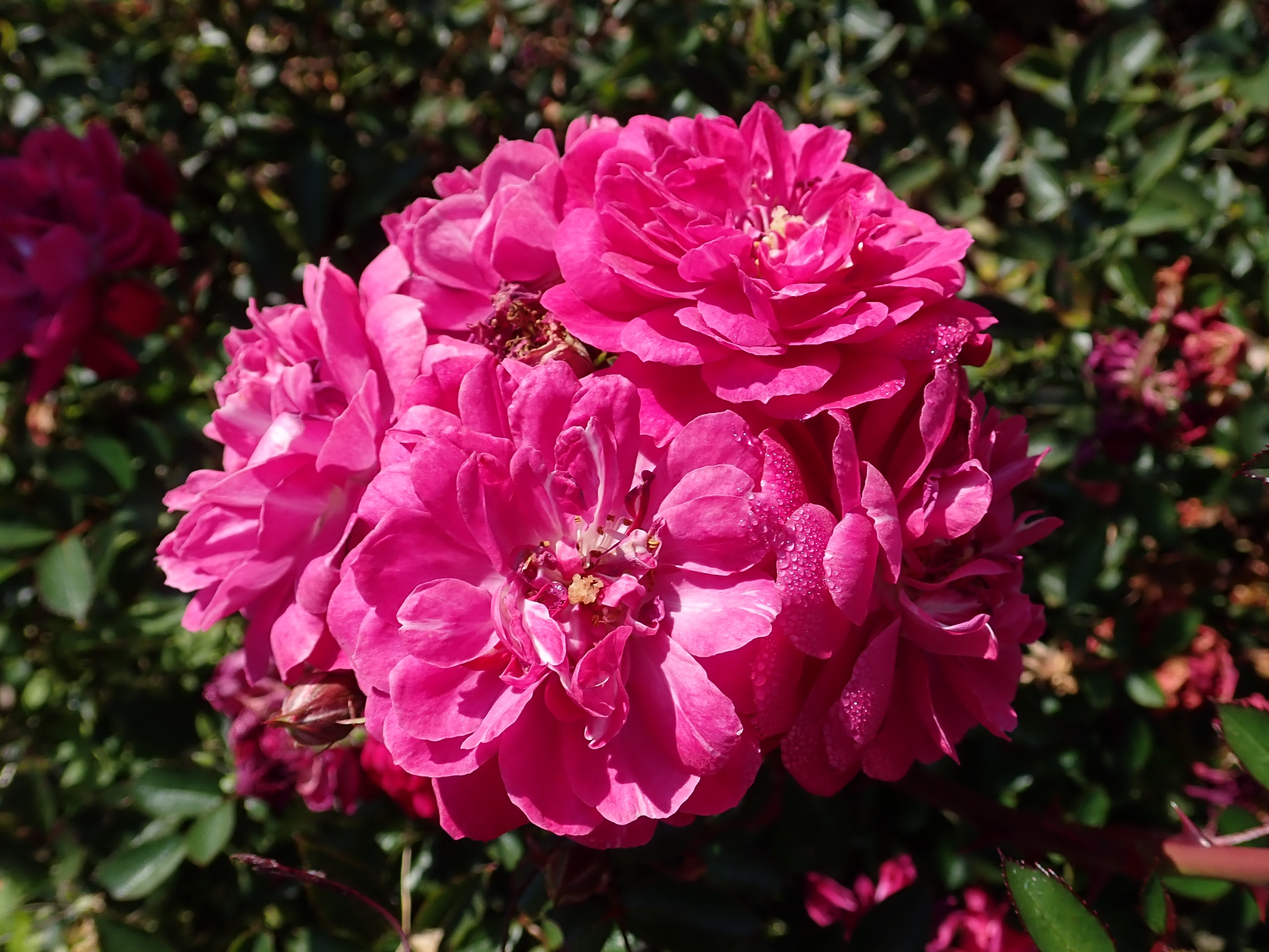
‘Purple Rain’, Evers/Tantau, 2007
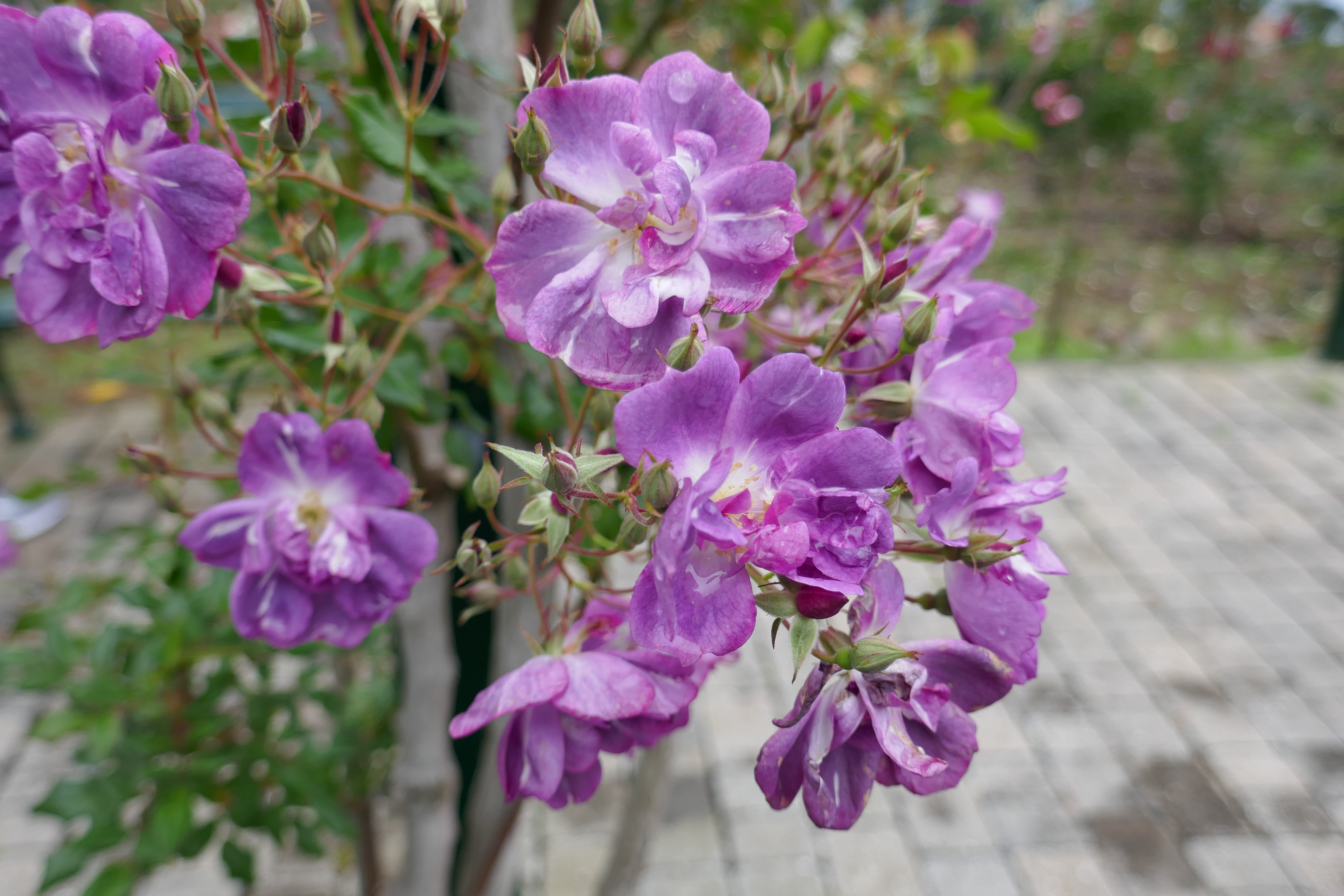
‘Purple Skyliner’, Cowlishaw, 2002
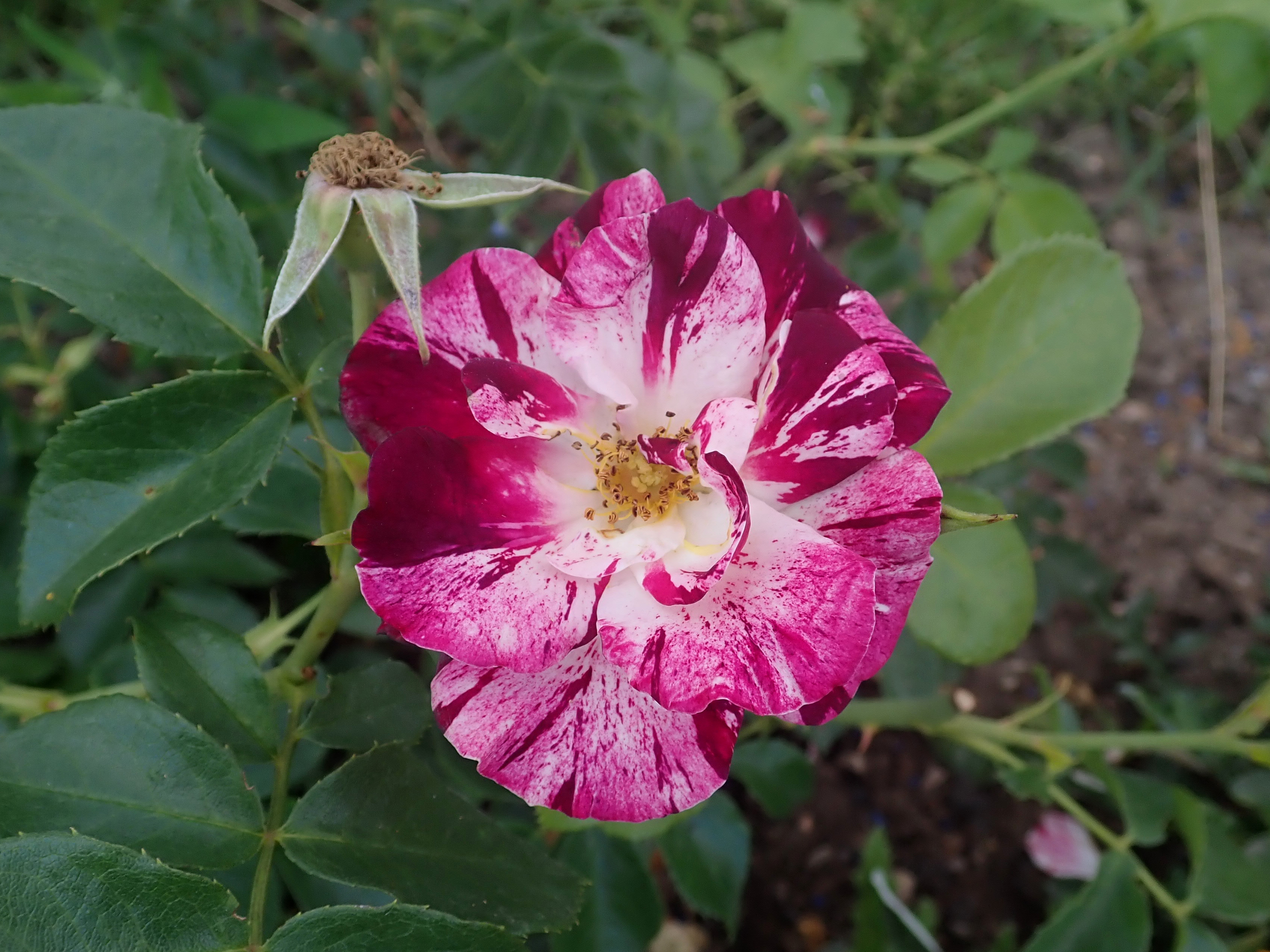
‘Purple Splash’, Tom Carruth/Weeks, 2009
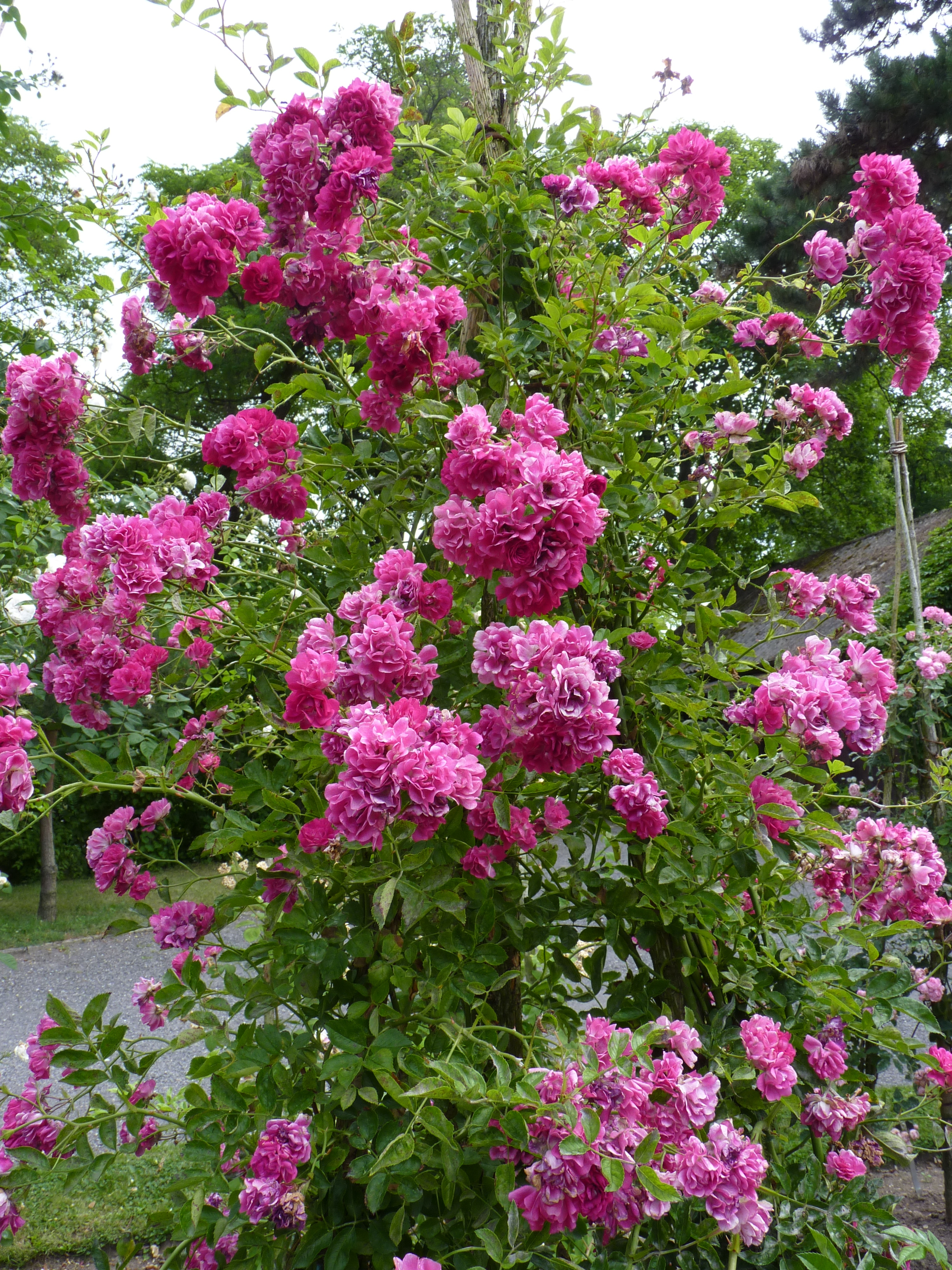
‘Purpurtraum’, Kayser & Seibert, 1922

## Q

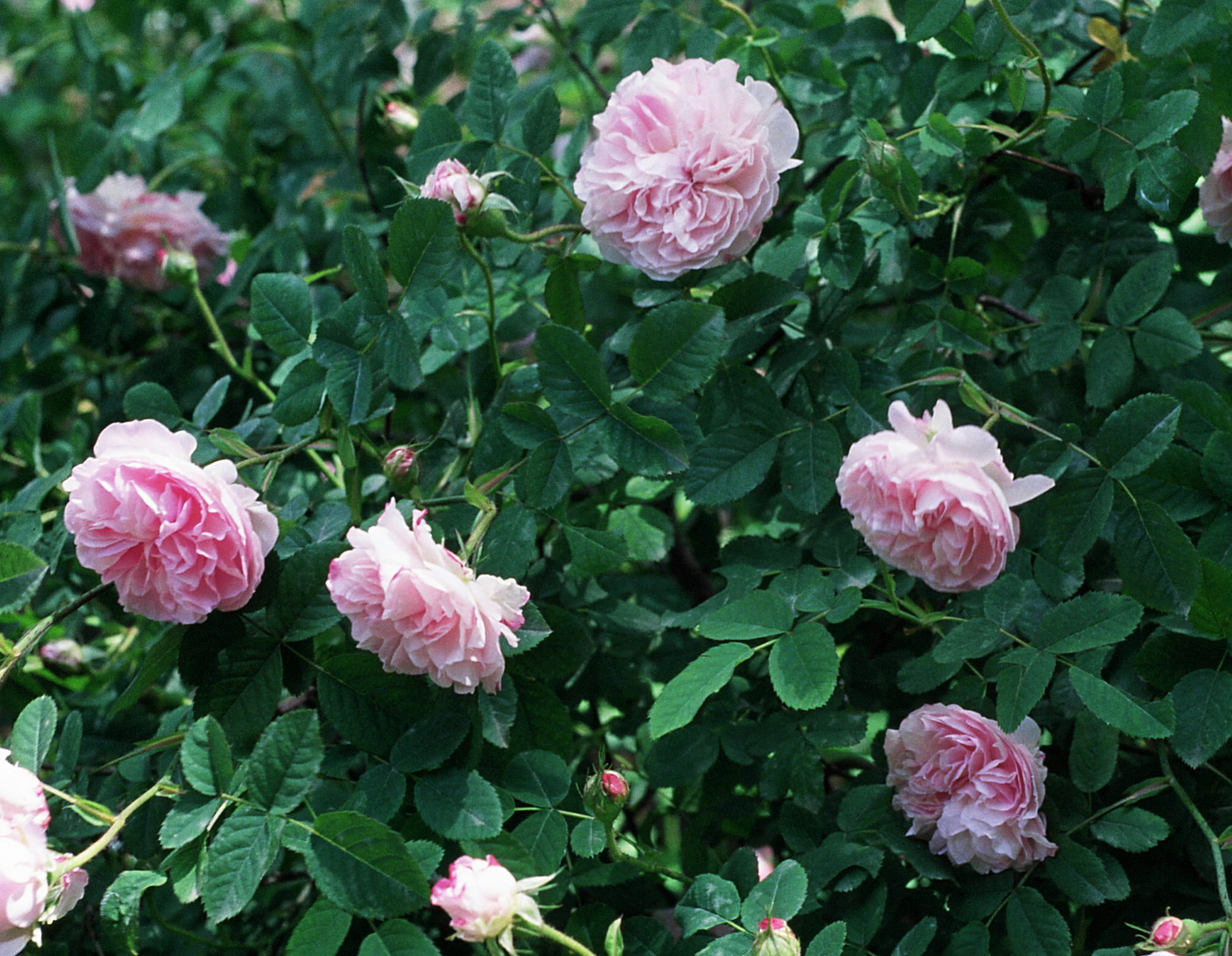
‘Quatre Saisons' (‘Herbst-Damascena-Rose’), vor 1633
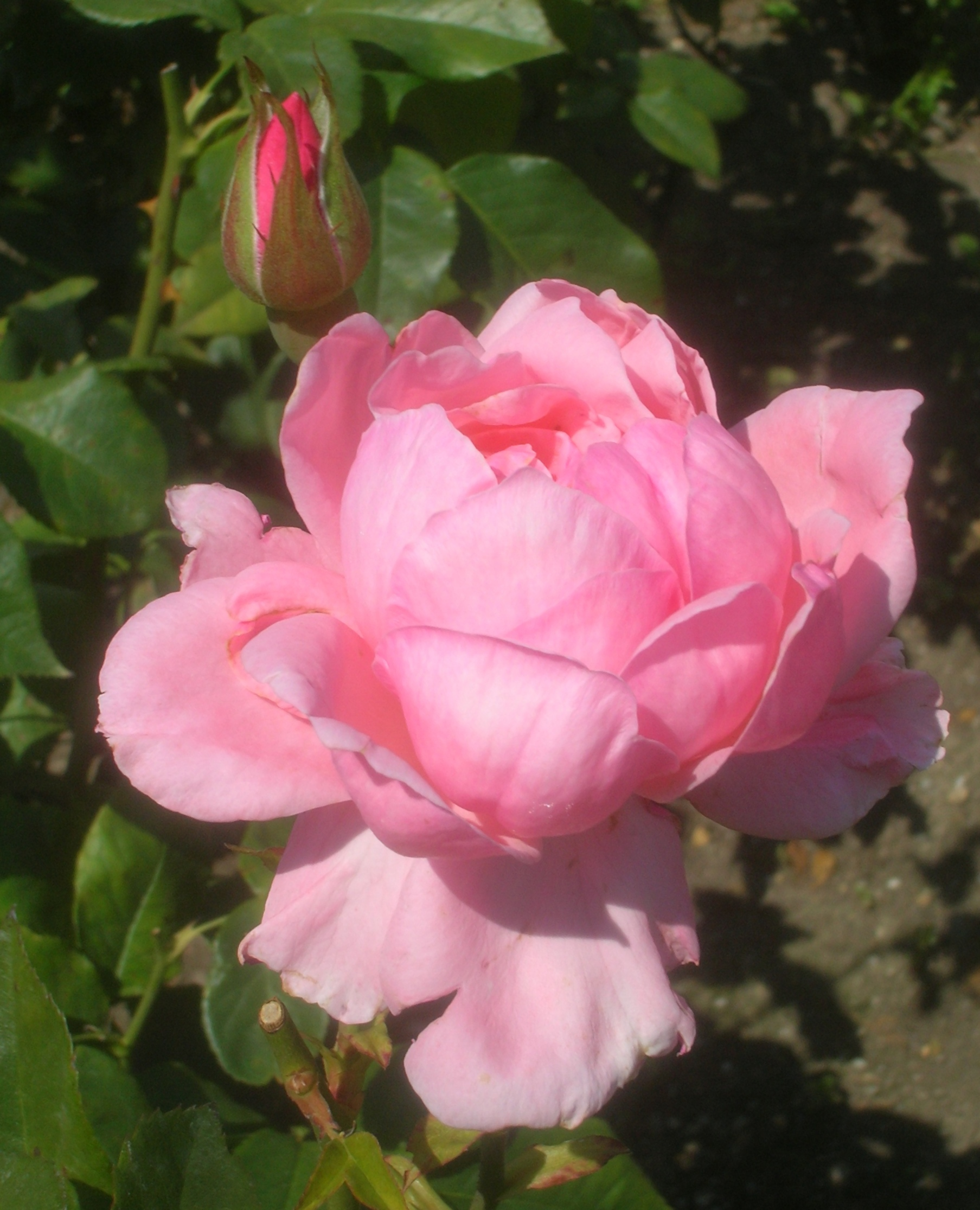
‘Queen Elizabeth’, Germain’s Seed & Plant Co., 1955
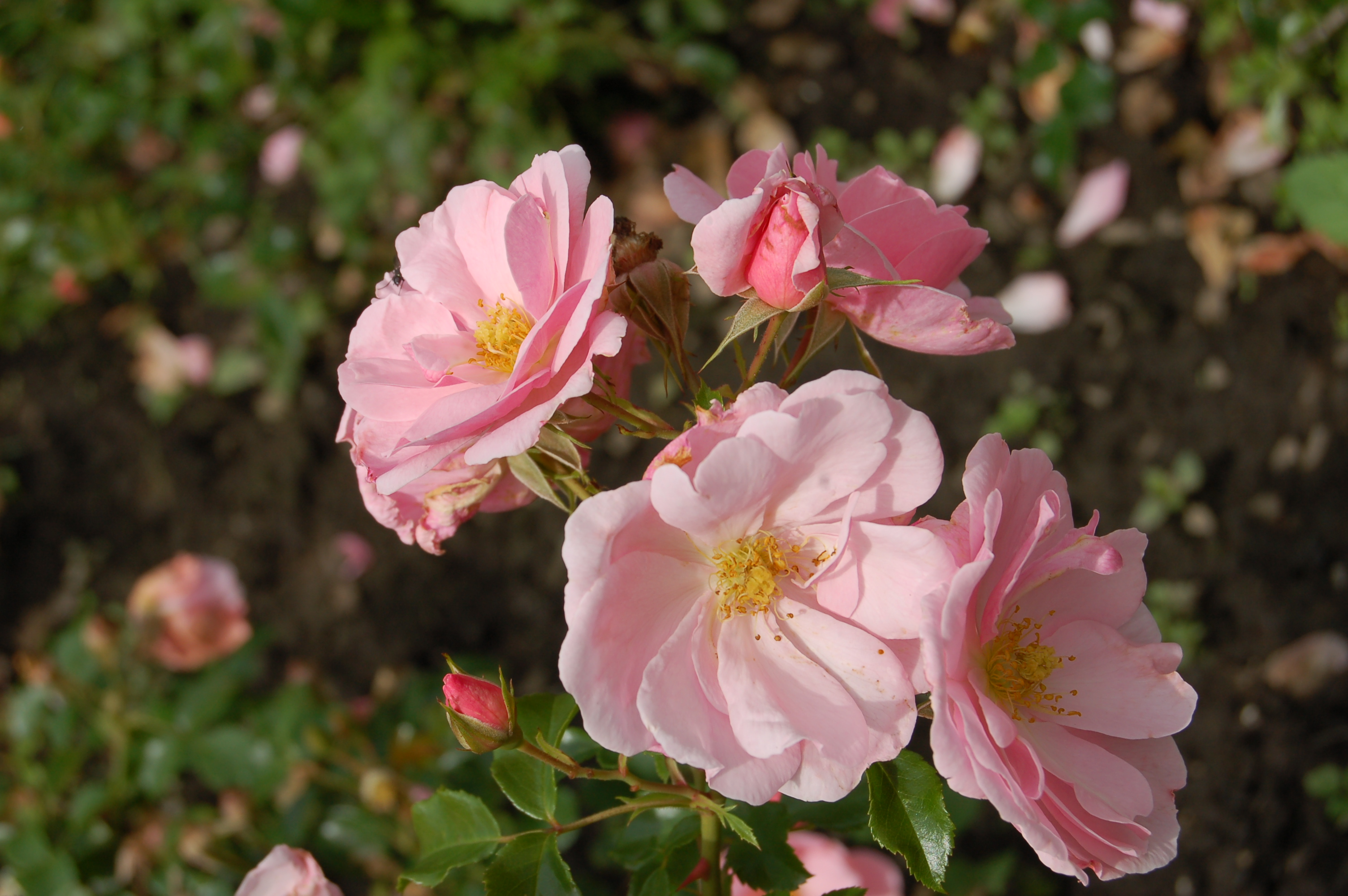
‘Queen Mother’, Kordes, 1991
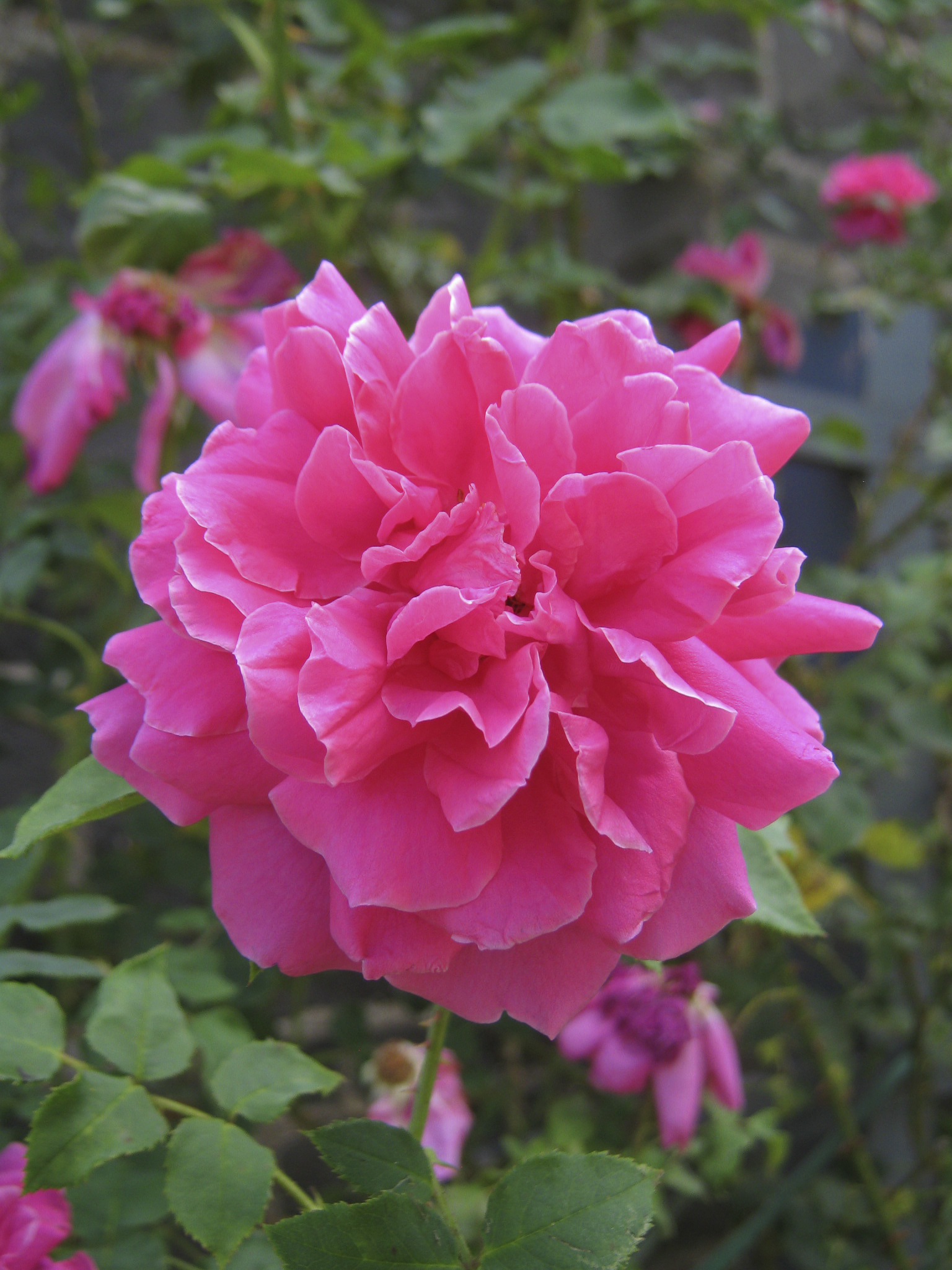
‘Queen of Hearts’, Alister Clark, 1919
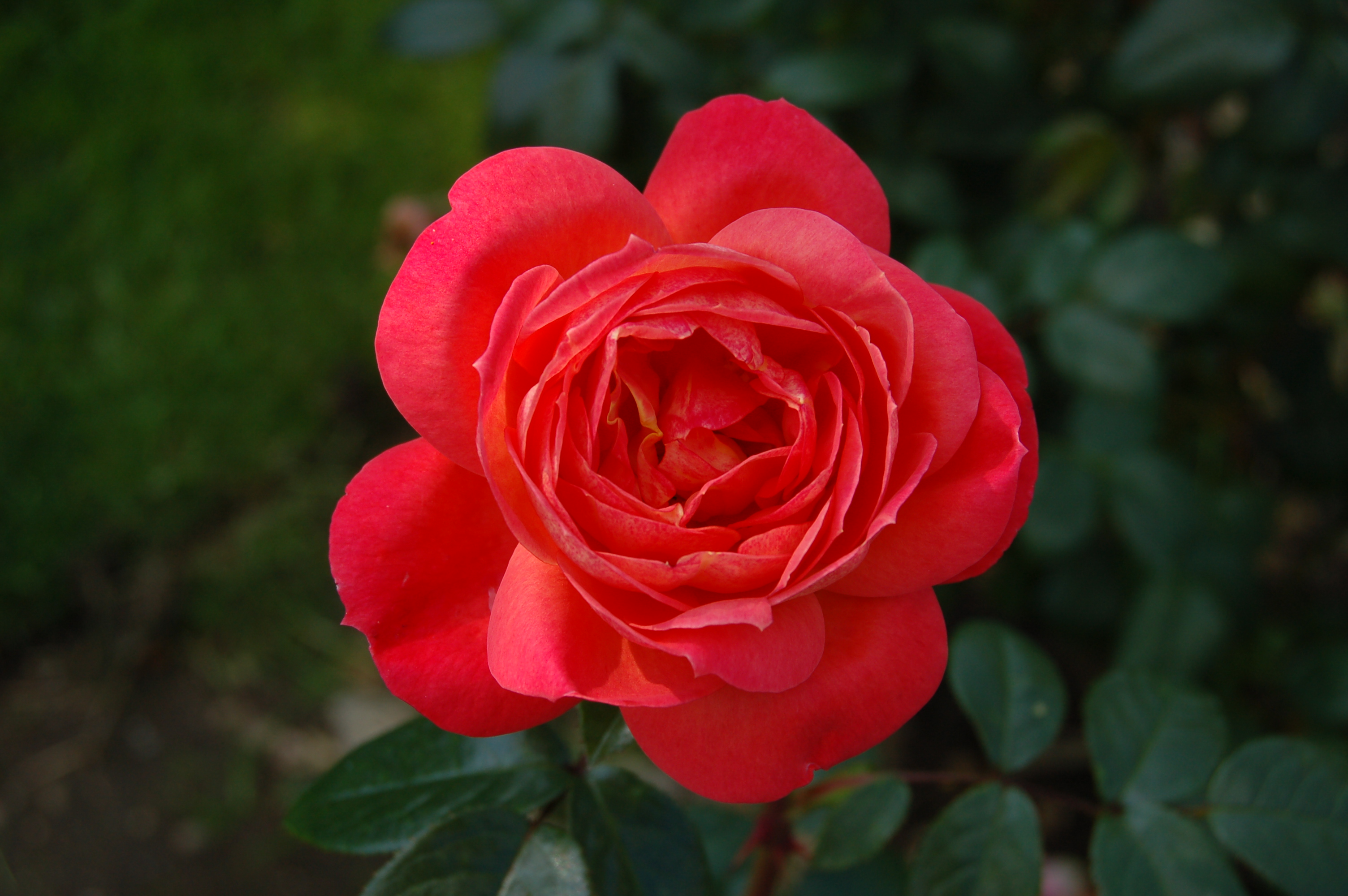
‘Queen of Hearts’, Kordes, 2008
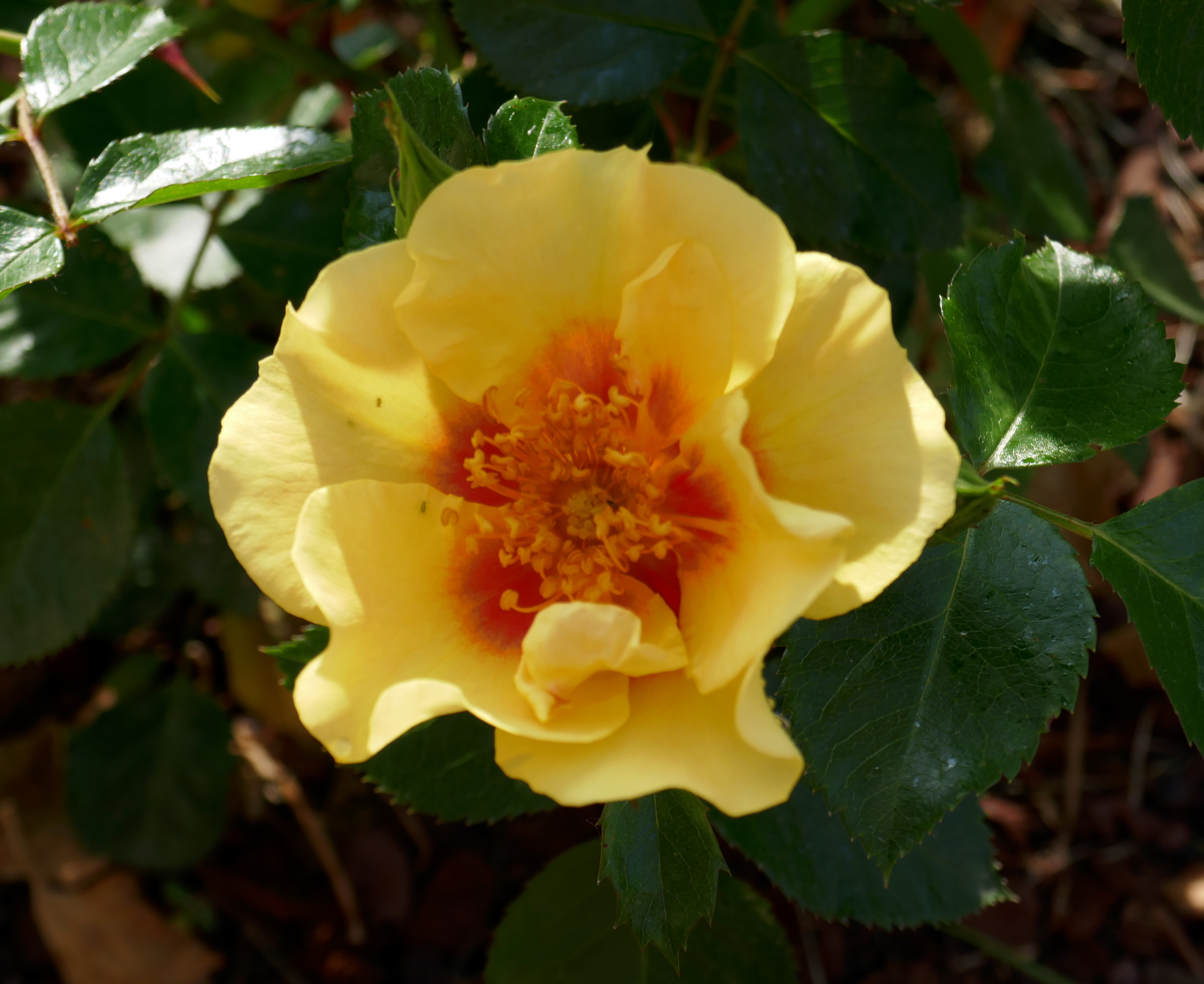
‘Queen of Sheba’, Warner, 2006
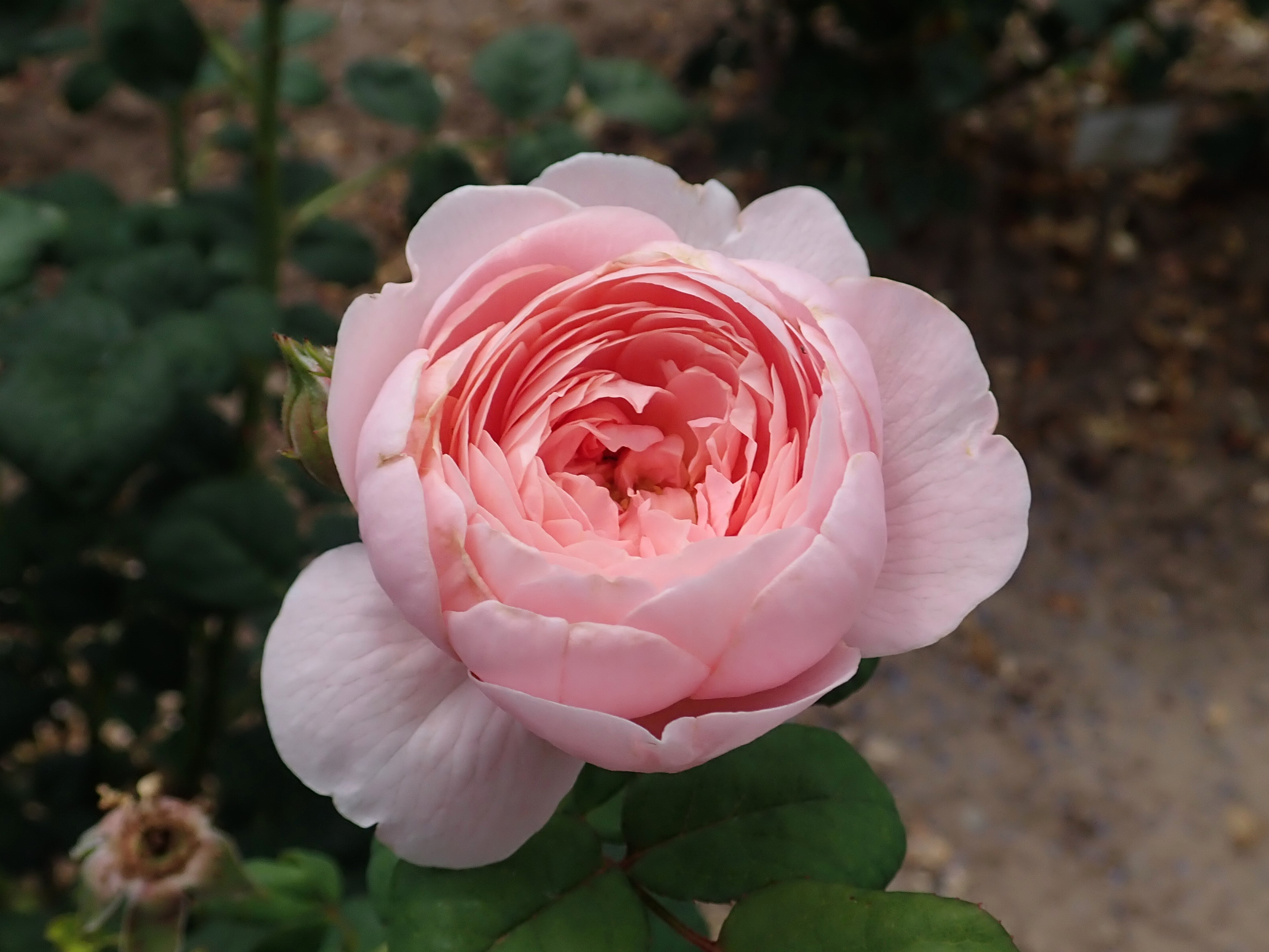
‘Queen of Sweden’, David Austin, 2004
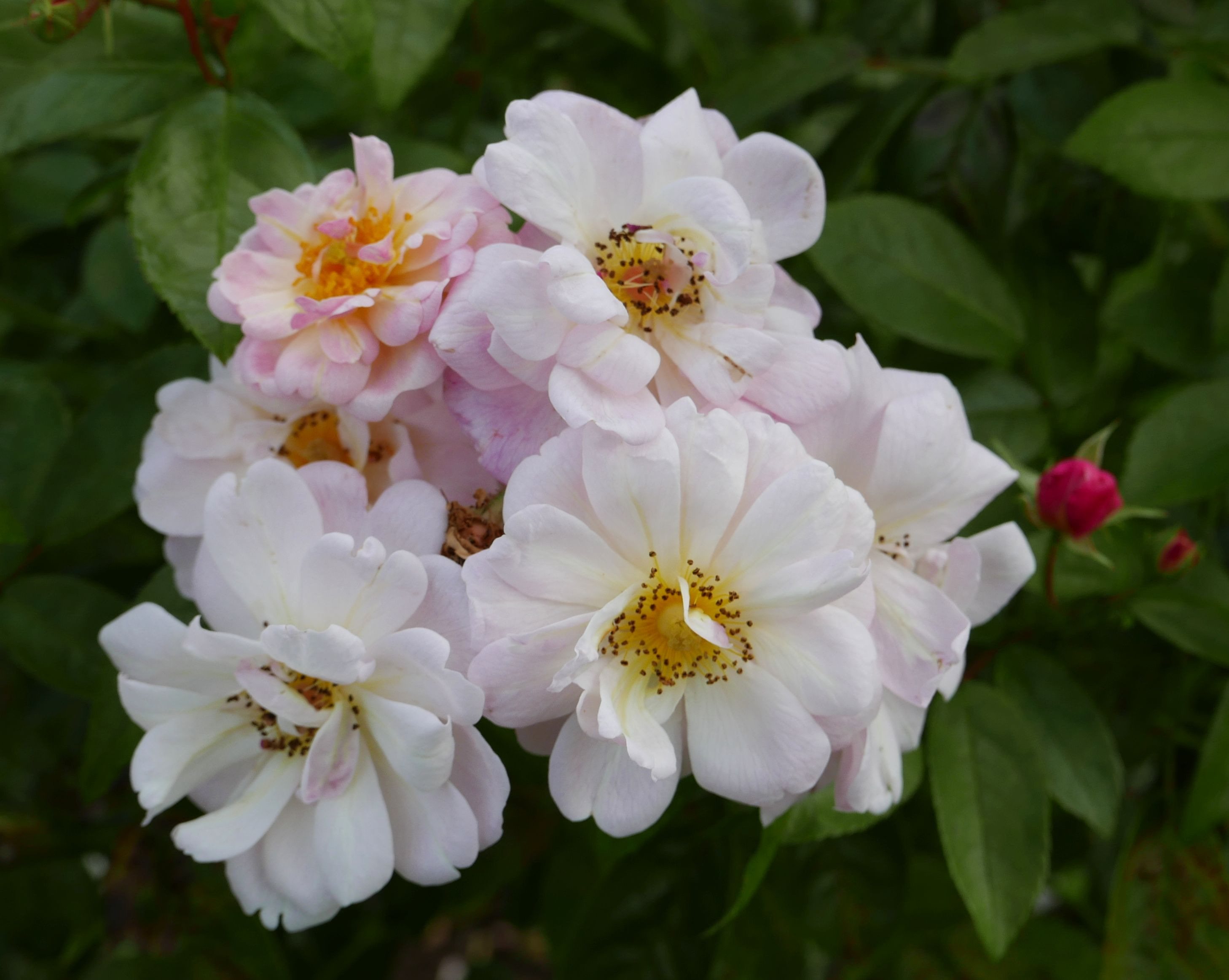
‘Queen of the Musk’, George Paul, 1913

## R

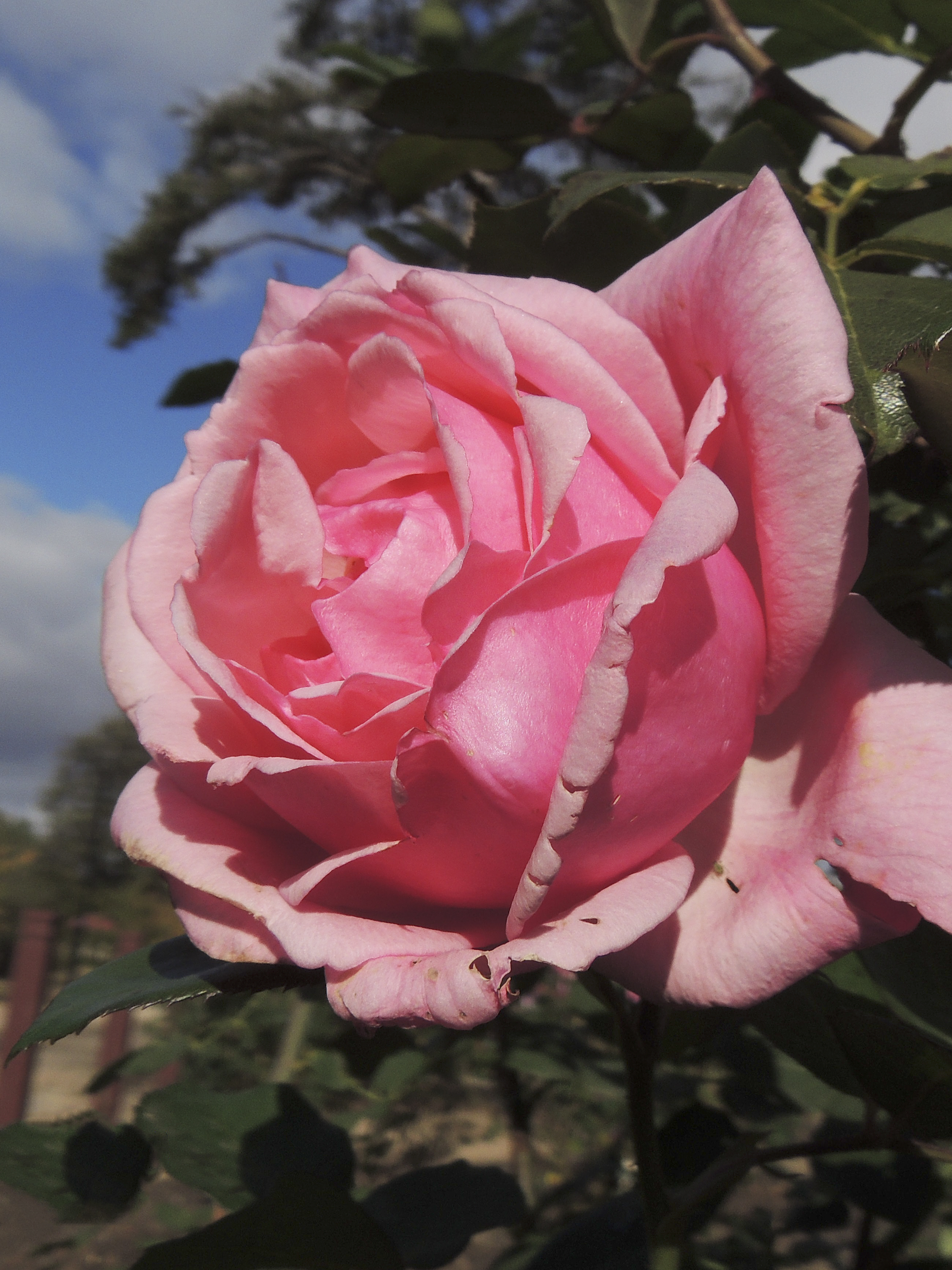
‘Radiance’, John Cook, 1908
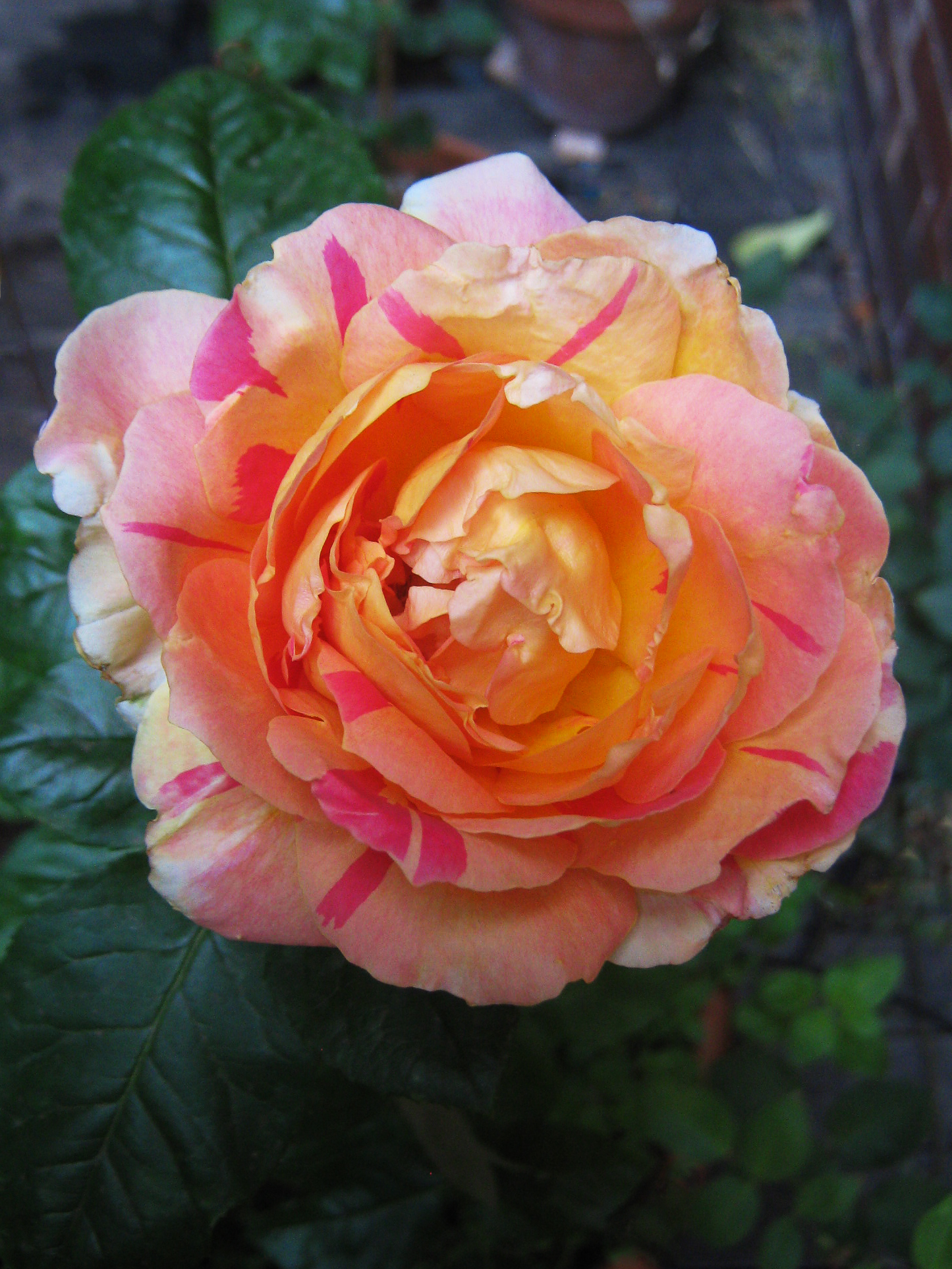
‘Radio’, Pedro Dot, 1936
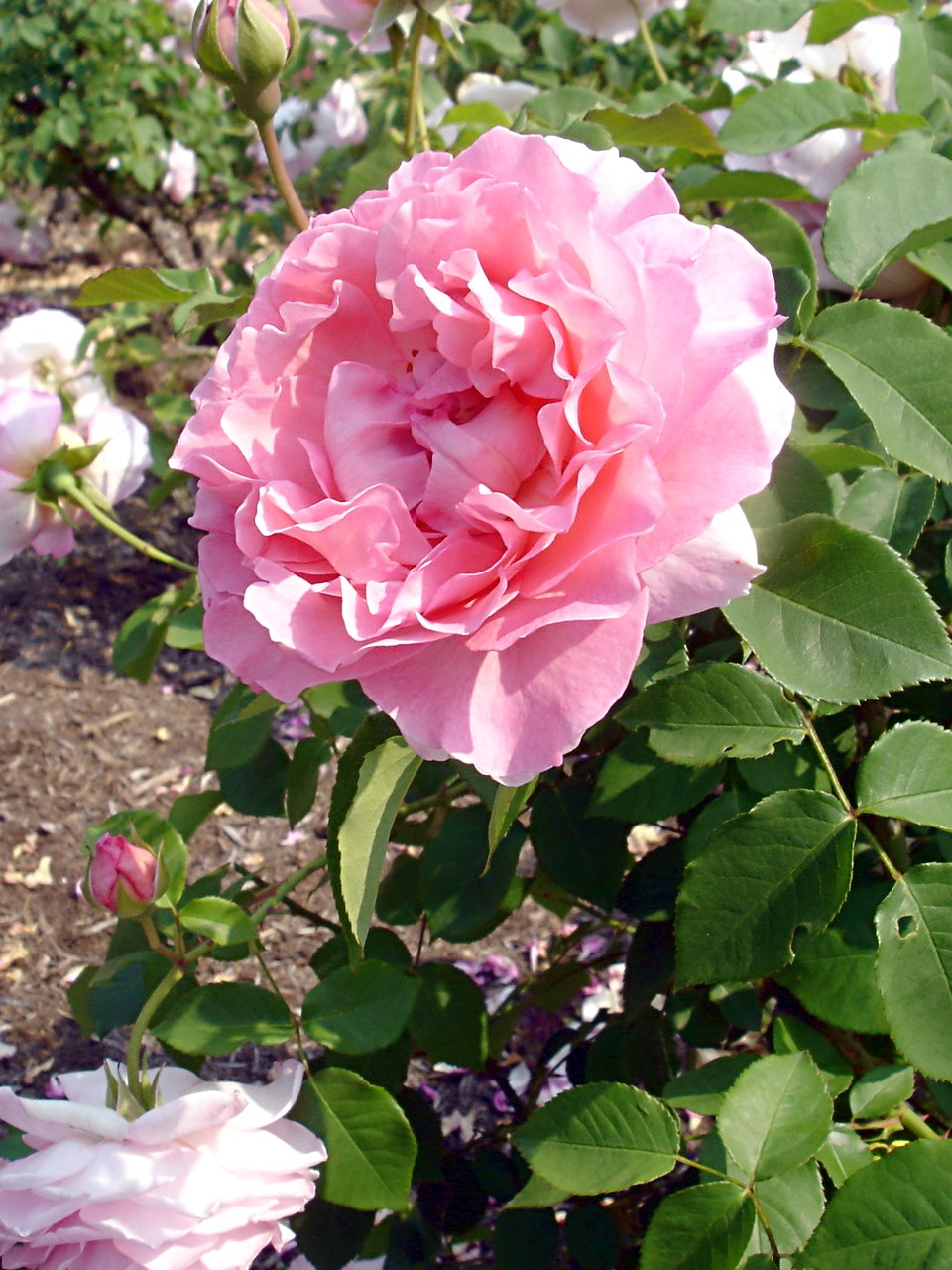
‘Radio Times’, David Austin, vor 1994
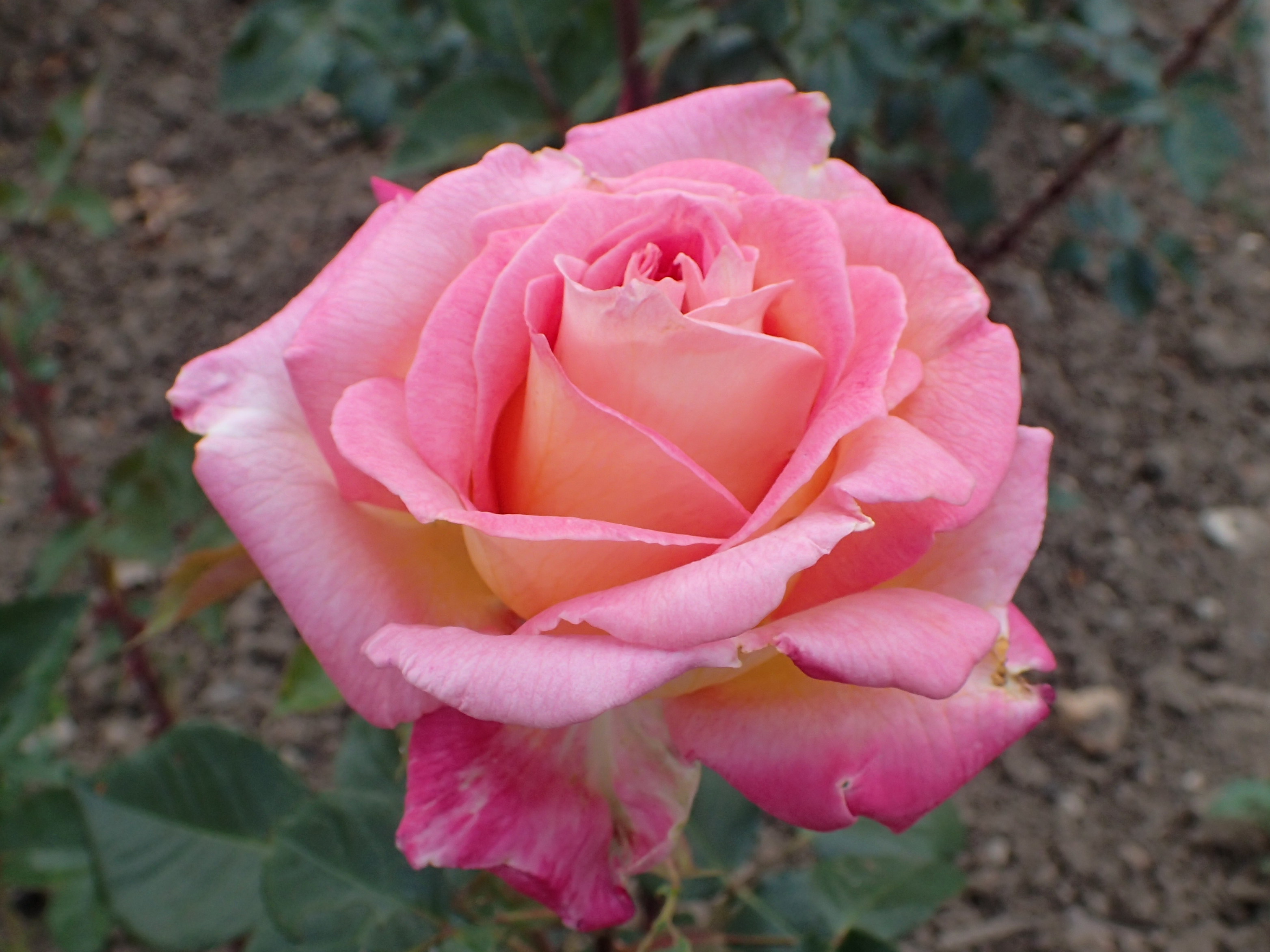
‘Radka’, Ludvík Večeřa, 1975
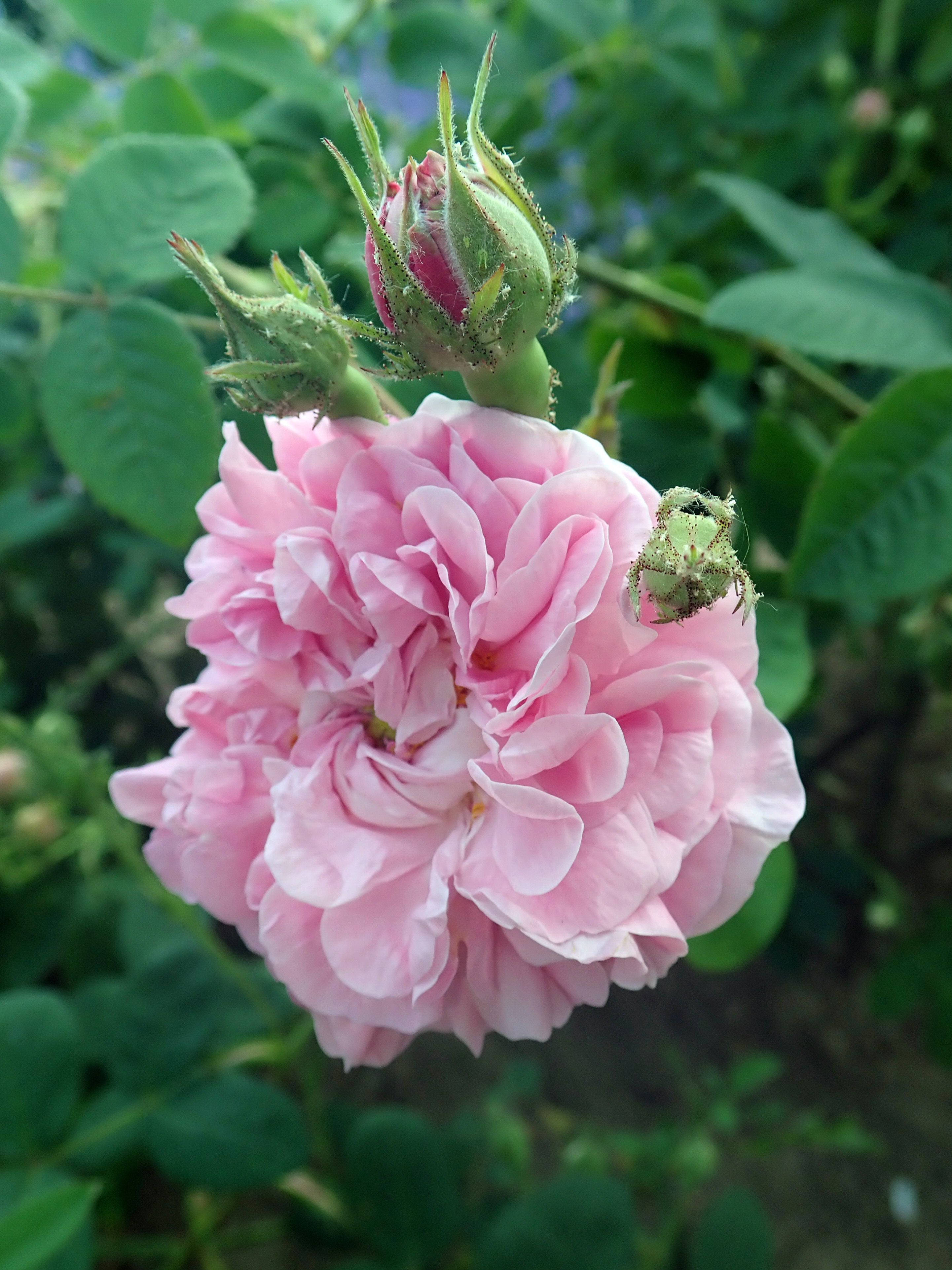
‘Raduga’, Nazarenko/Grishchenko, ?
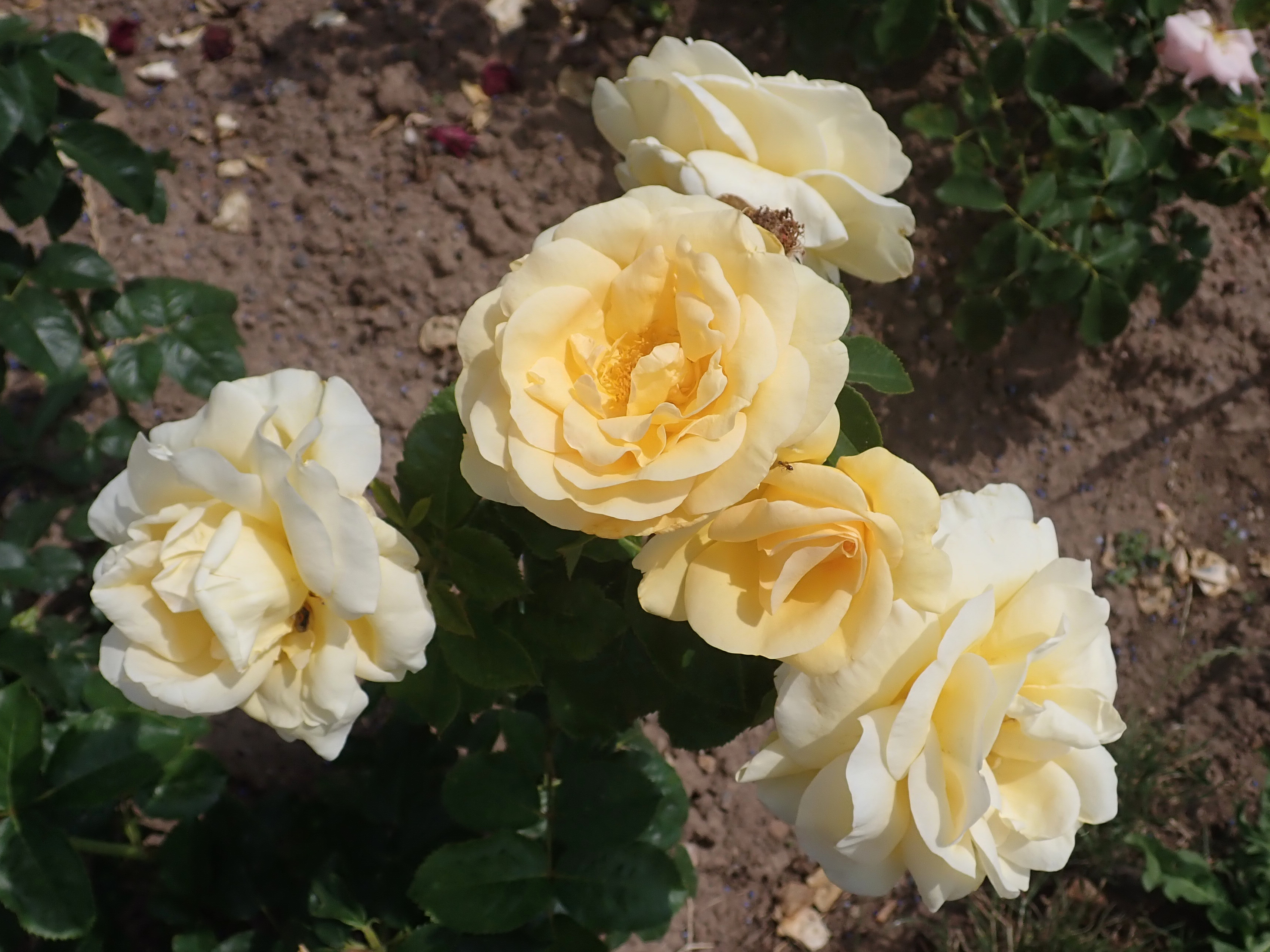
‘Raffaello’ (auch ‘Sunshine  Daydream’), Michèle Meilland Richardier, vor 2006
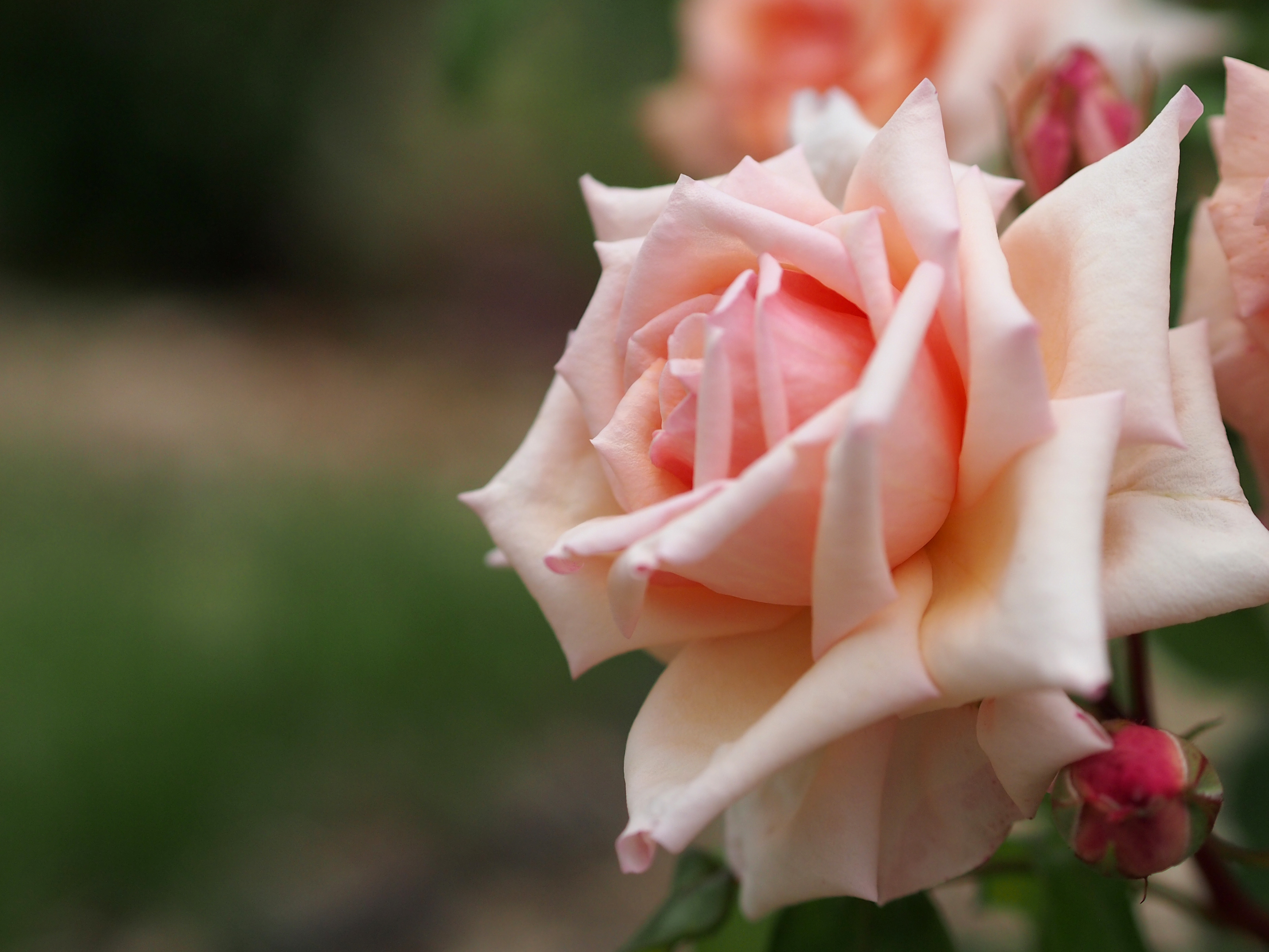
‘Rallye’, Delforge, 1966
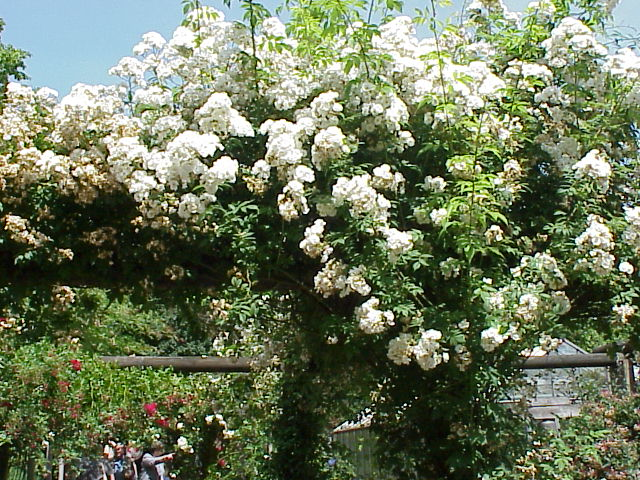
‘Rambling Rector’, Hill, 1912
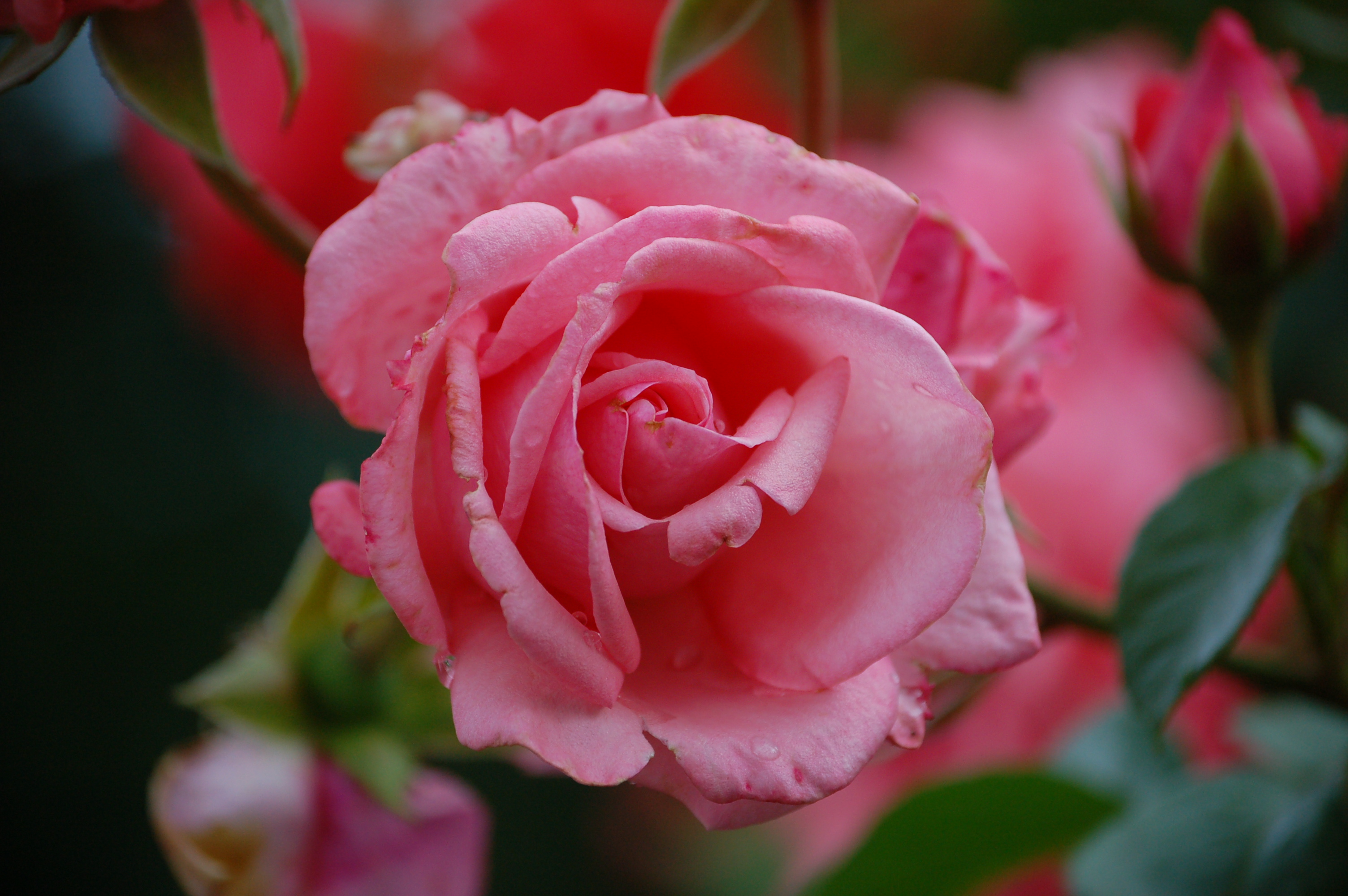
‘Ramira’, Kordes, 1988
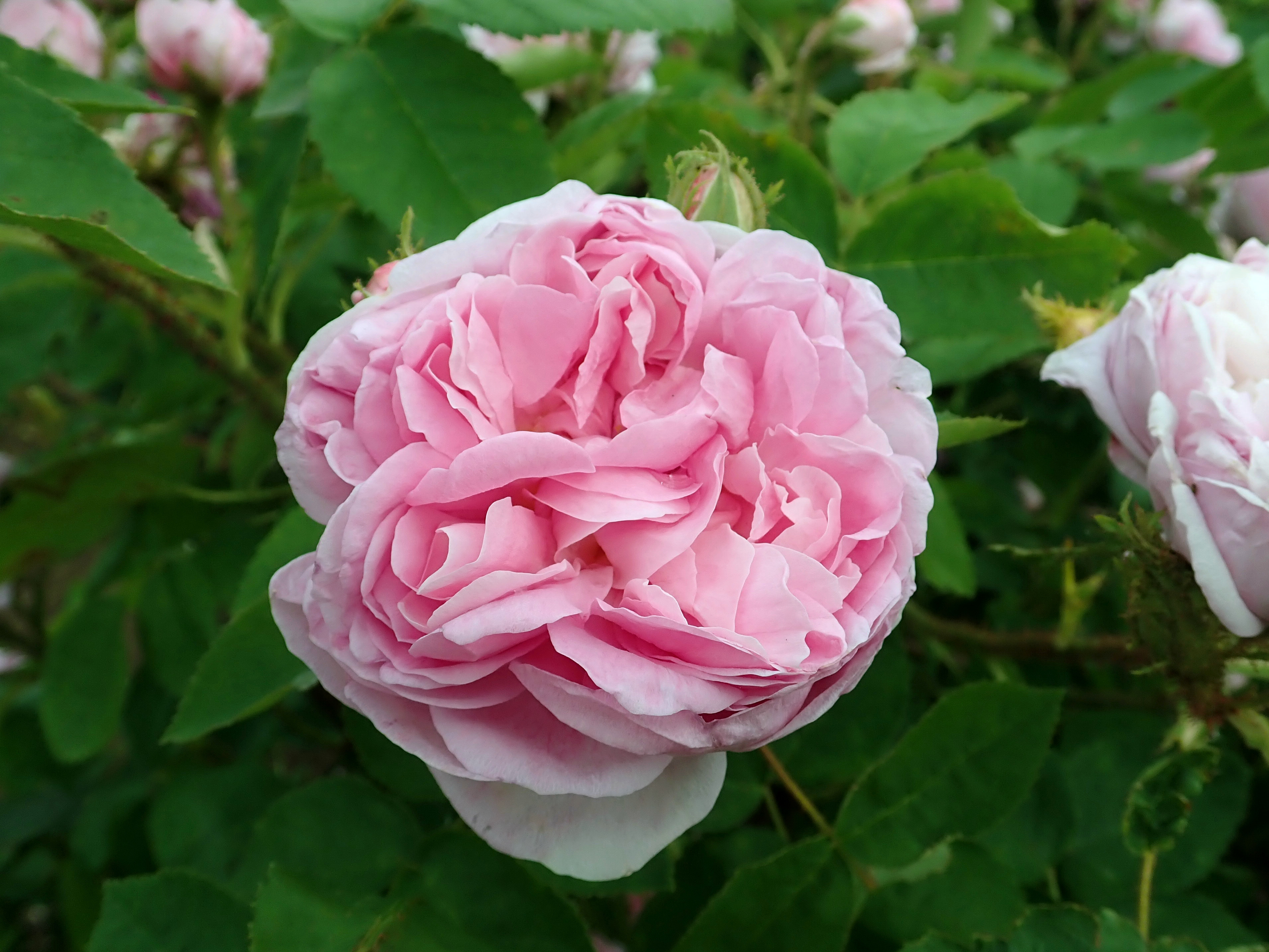
‘Raphael’, M. Robert, 1856
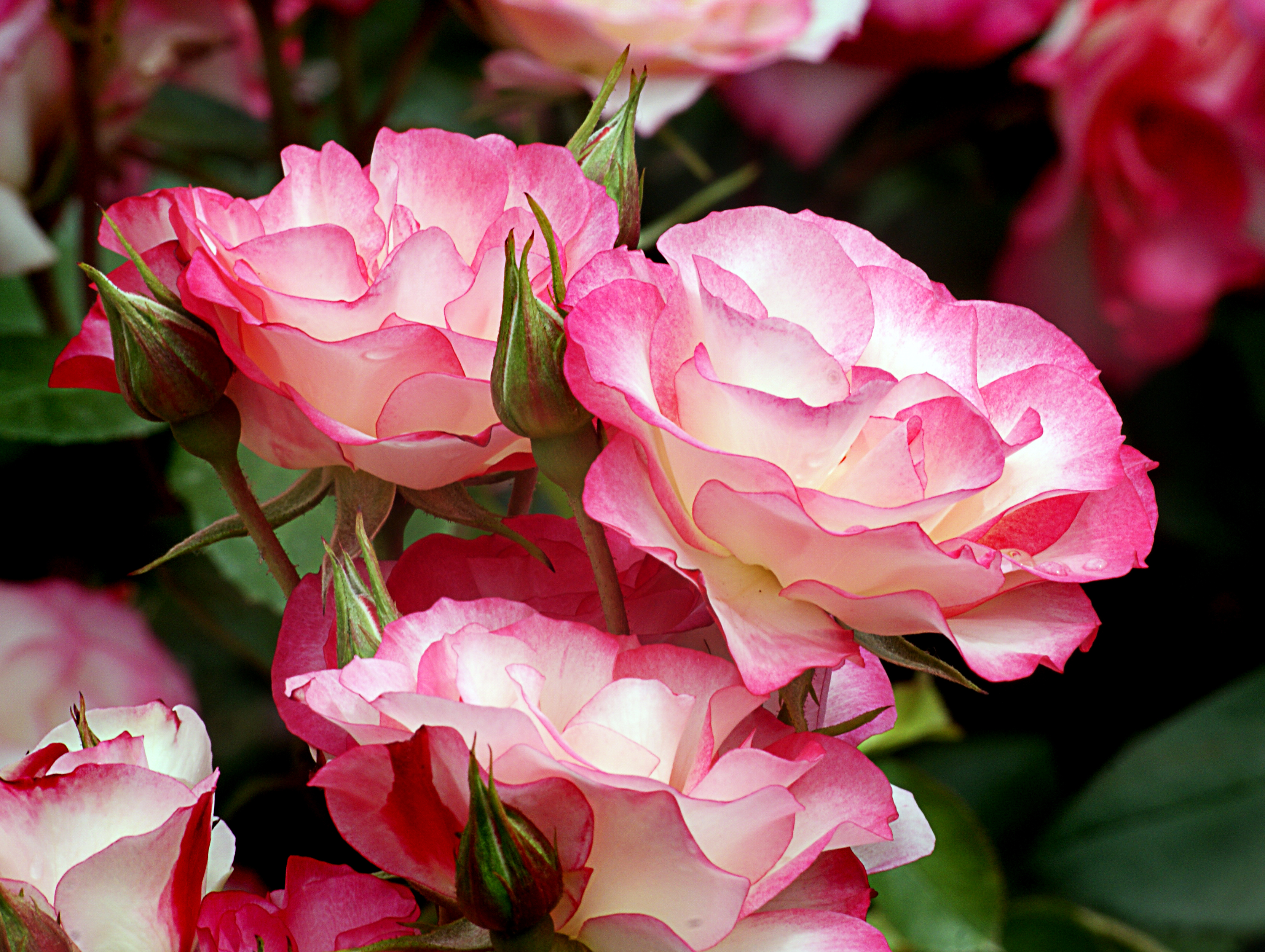
‘Raspberry Ice’, Kordes, 1983
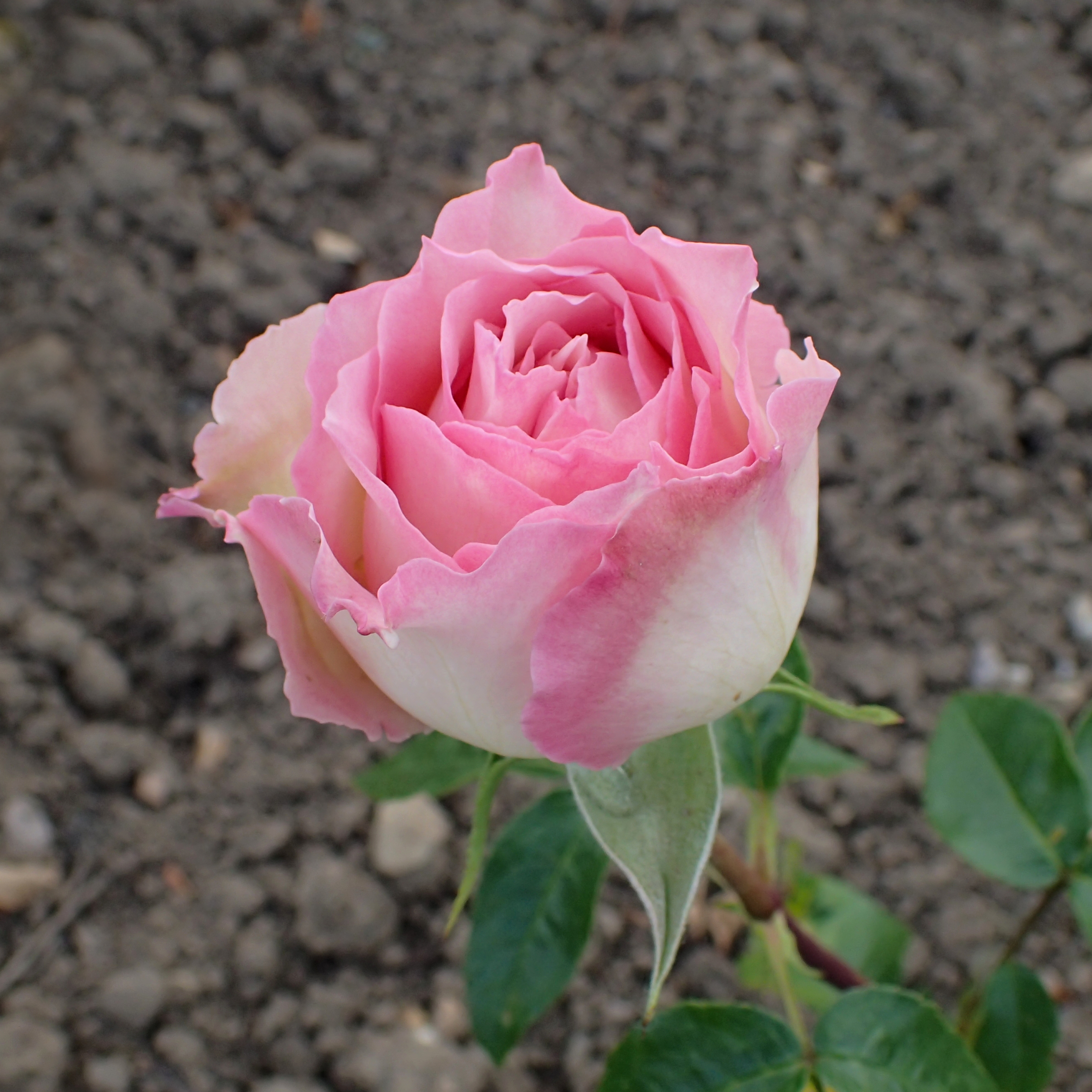
‘Rassvet’, Klimenko, 1955
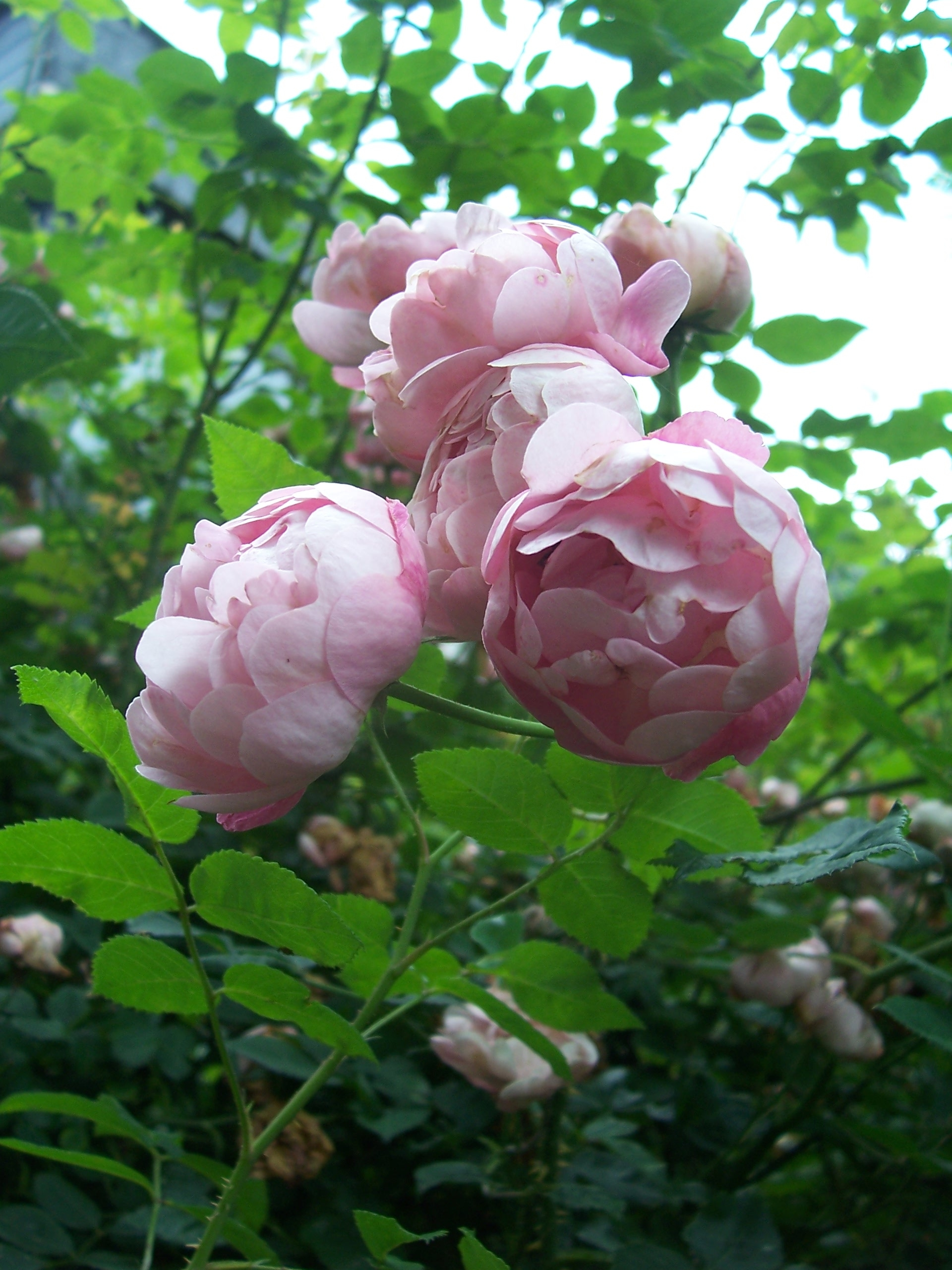
‘Raubritter’, Kordes, 1936
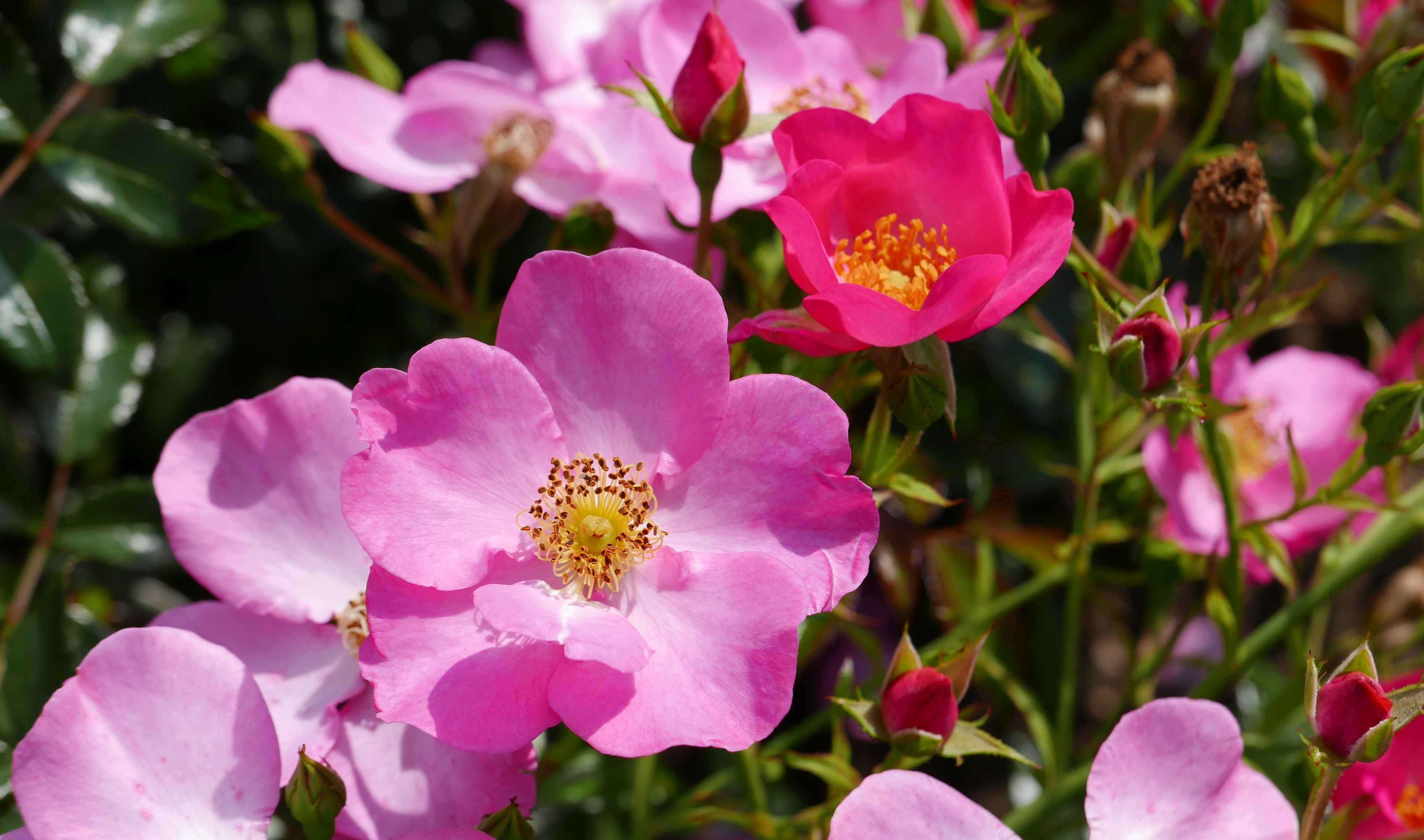
‘Ravenna’, Noack, 1999
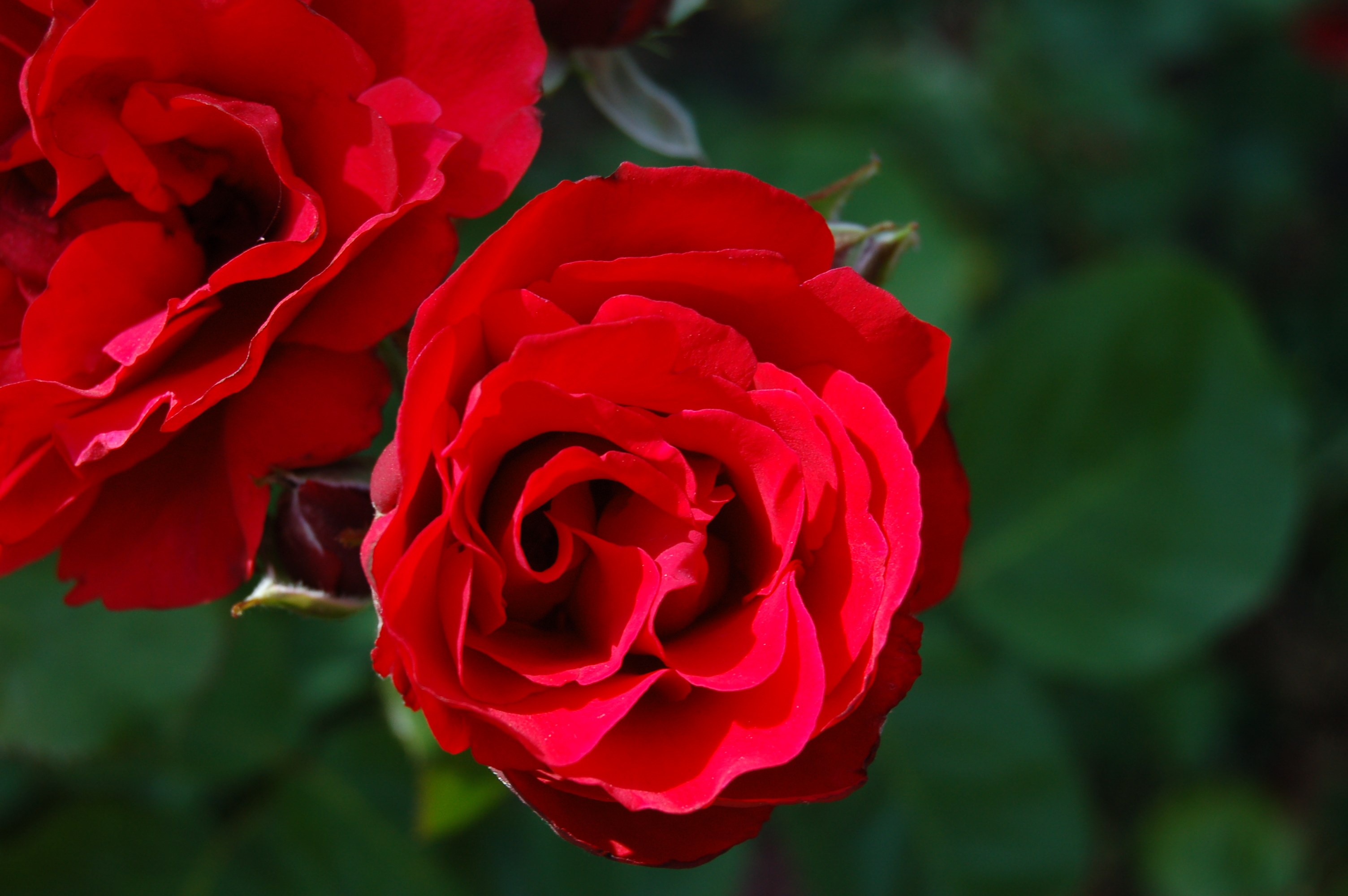
Ravensberg, Noack, 1986
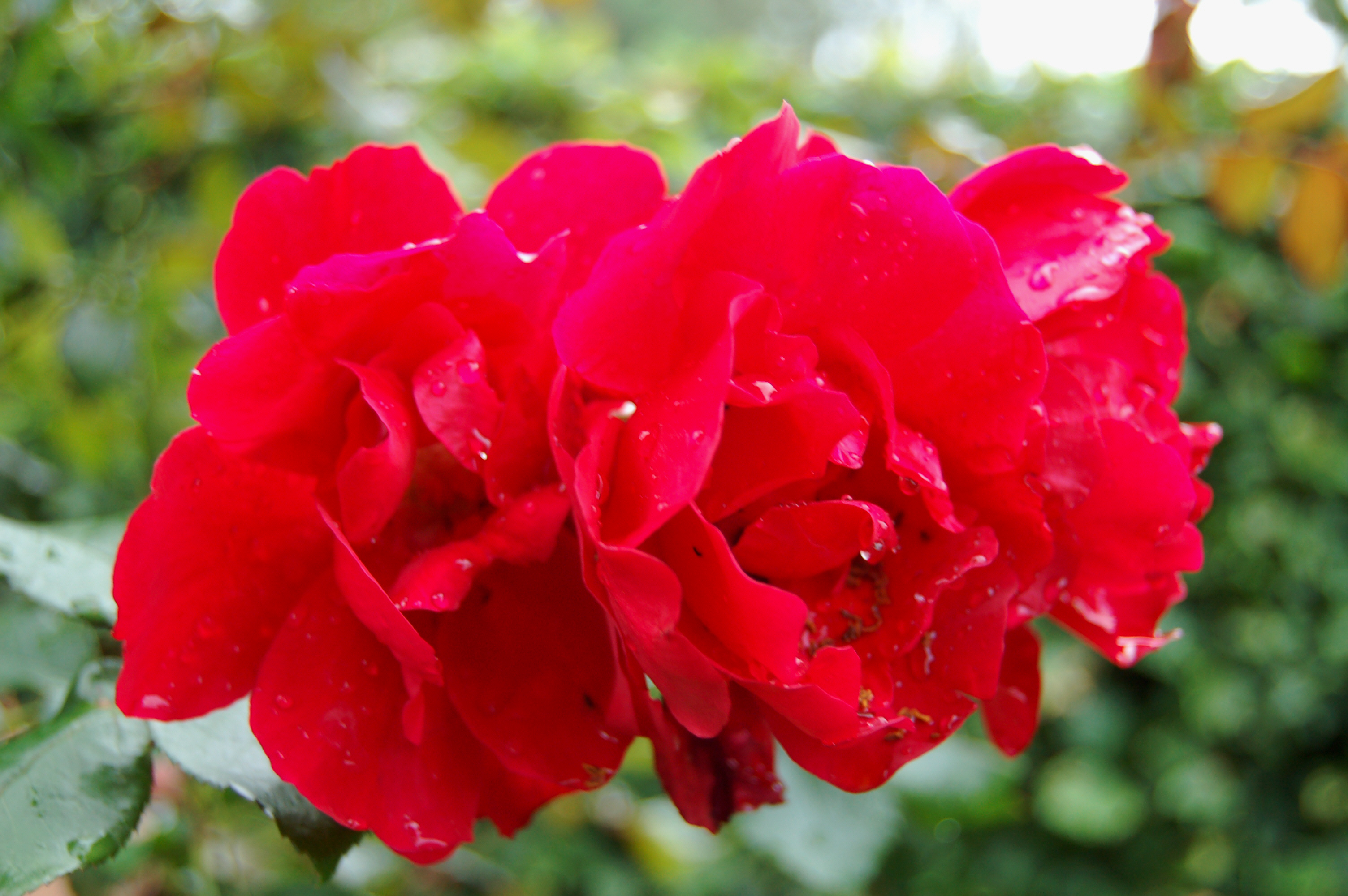
‘Raymond Chenault’, M. Tantau, 1960
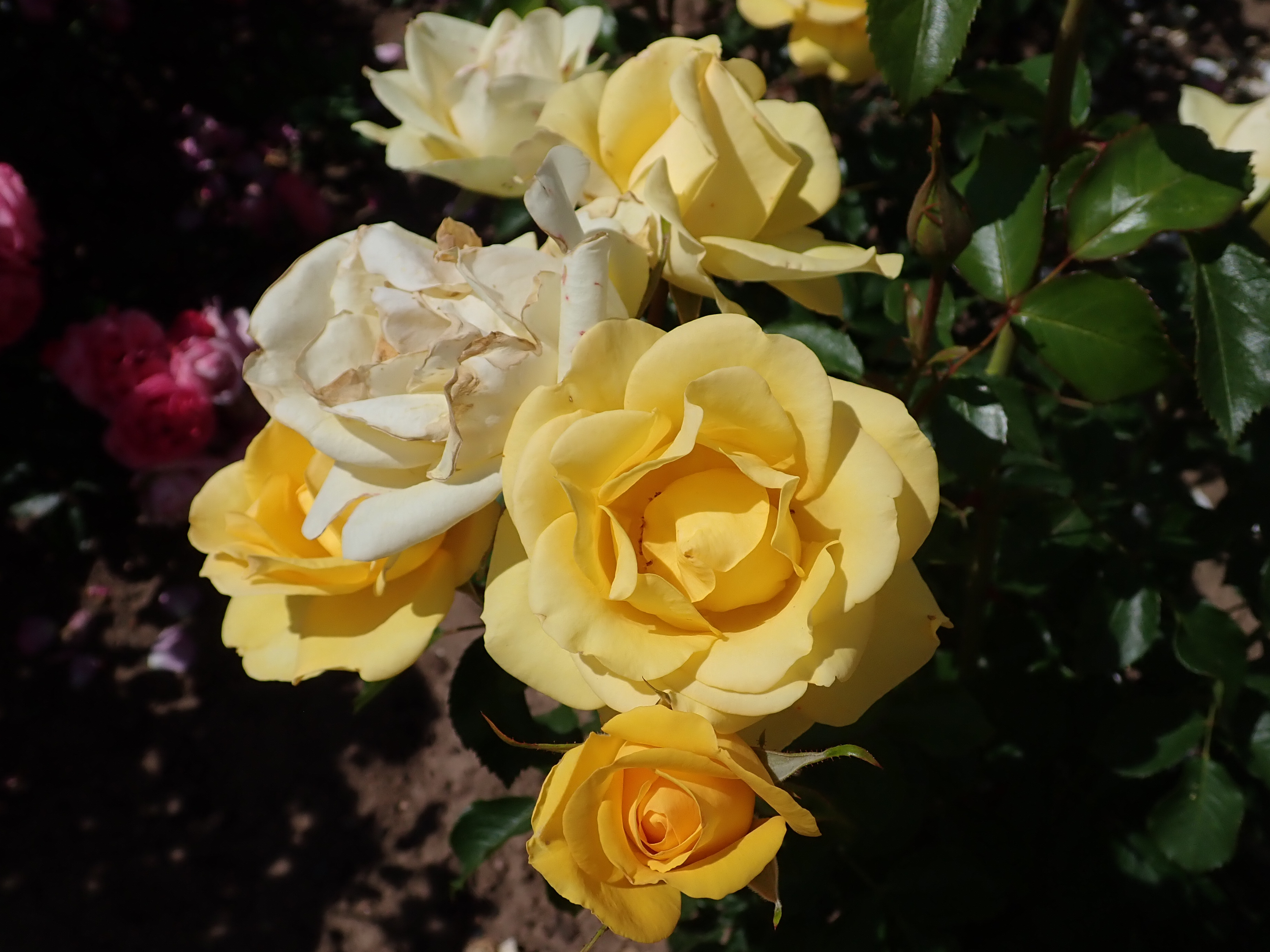
‘Rayon de Soleil’ (oder ‘Gilded Sun’), Meilland, 2011
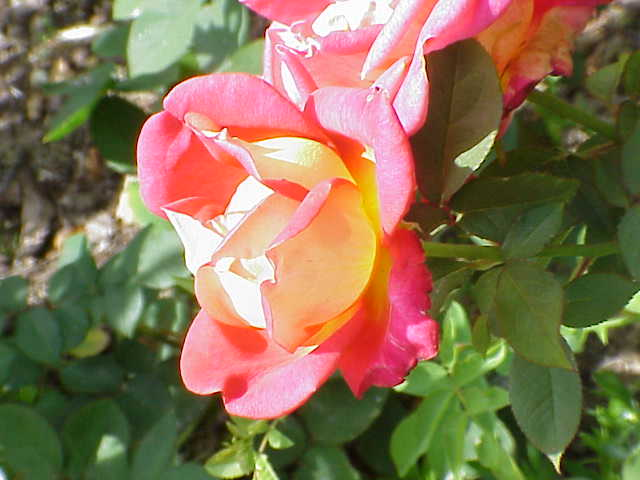
‘Rebecca’, M. Tantau jun., 1970
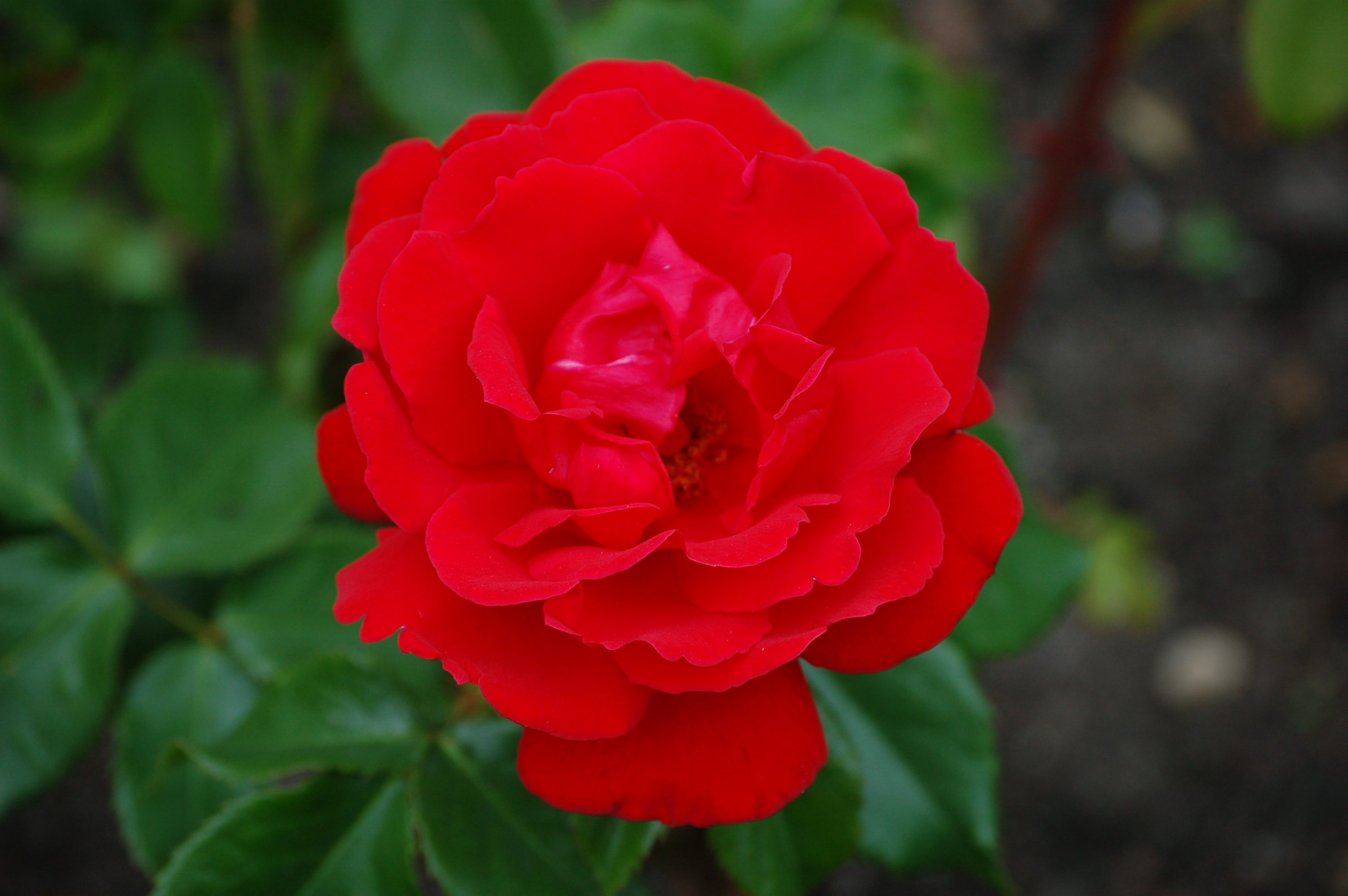
‘Rebell’, Kordes, 1996
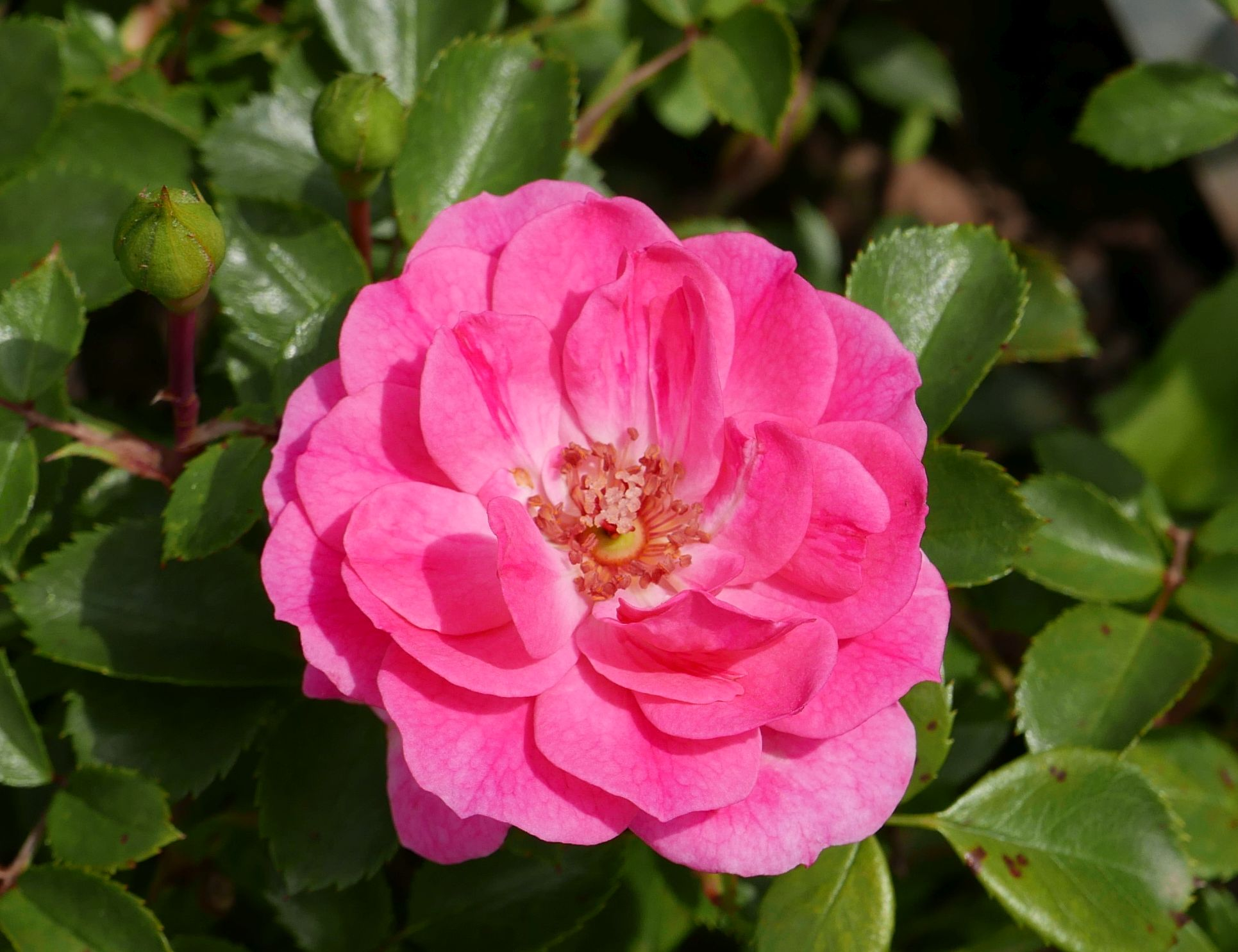
‘Rebellin’, Wänninger, 1994
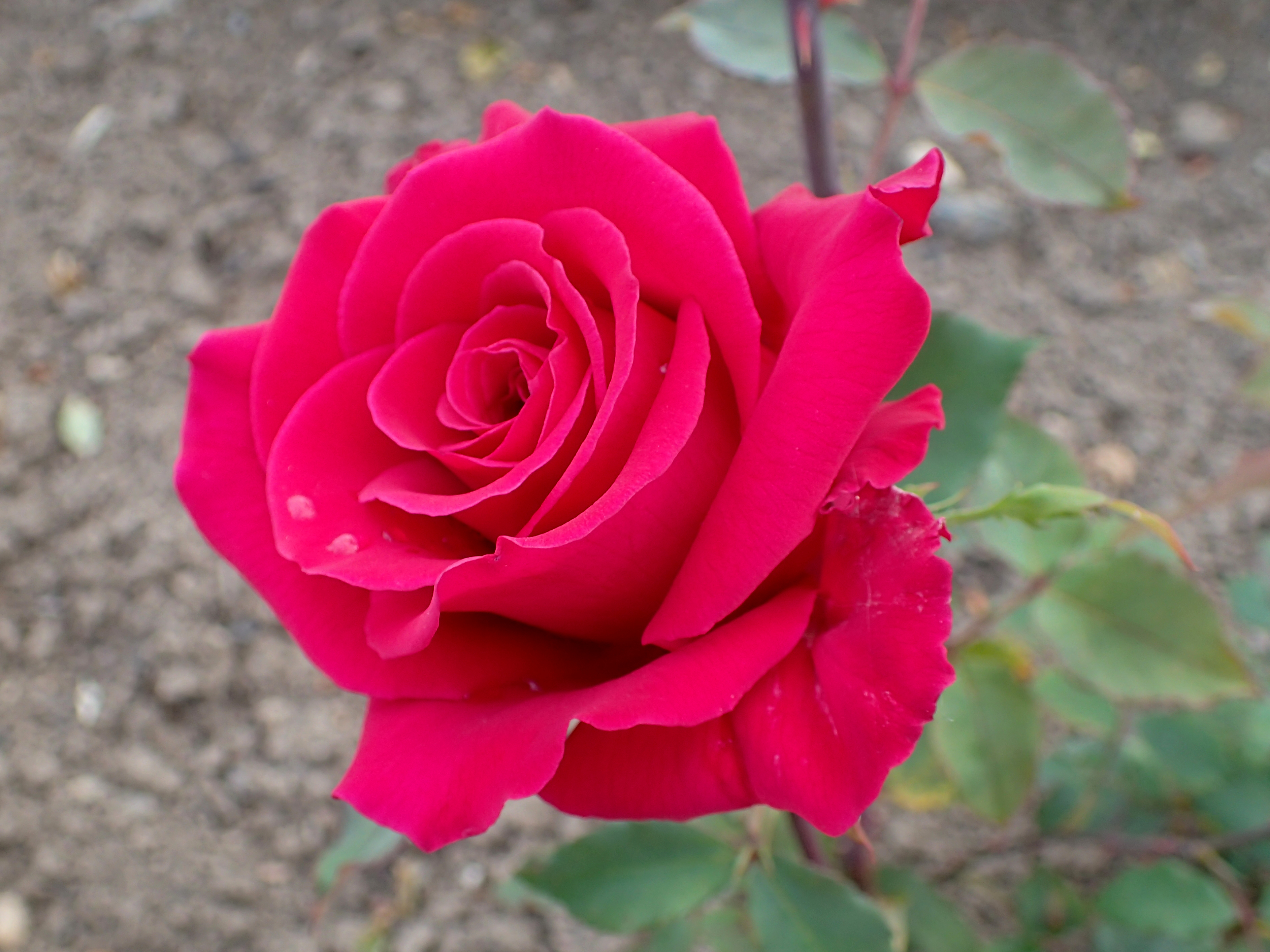
‘Red American Beauty’, Morey/Jackson & Perkins, 1959
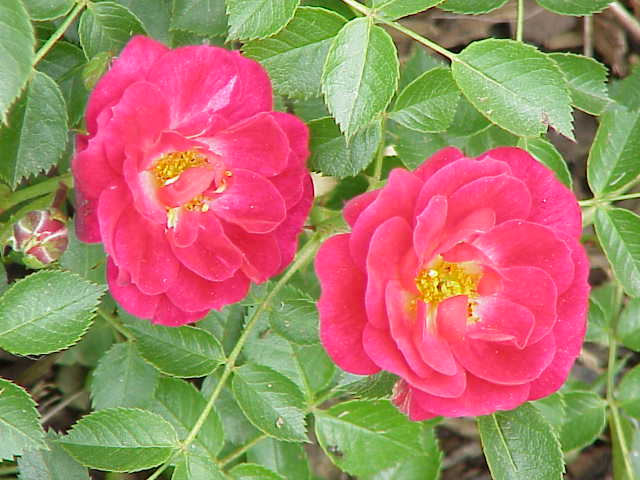
‘Red Bells’, Poulsen, 1983
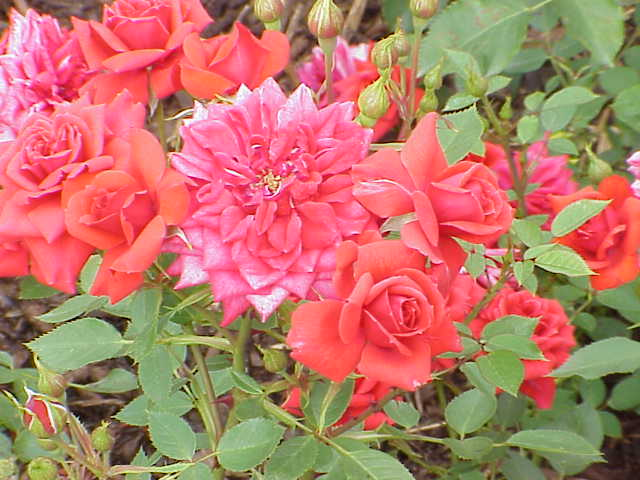
‘Red Det 80’, Cocker, 1980
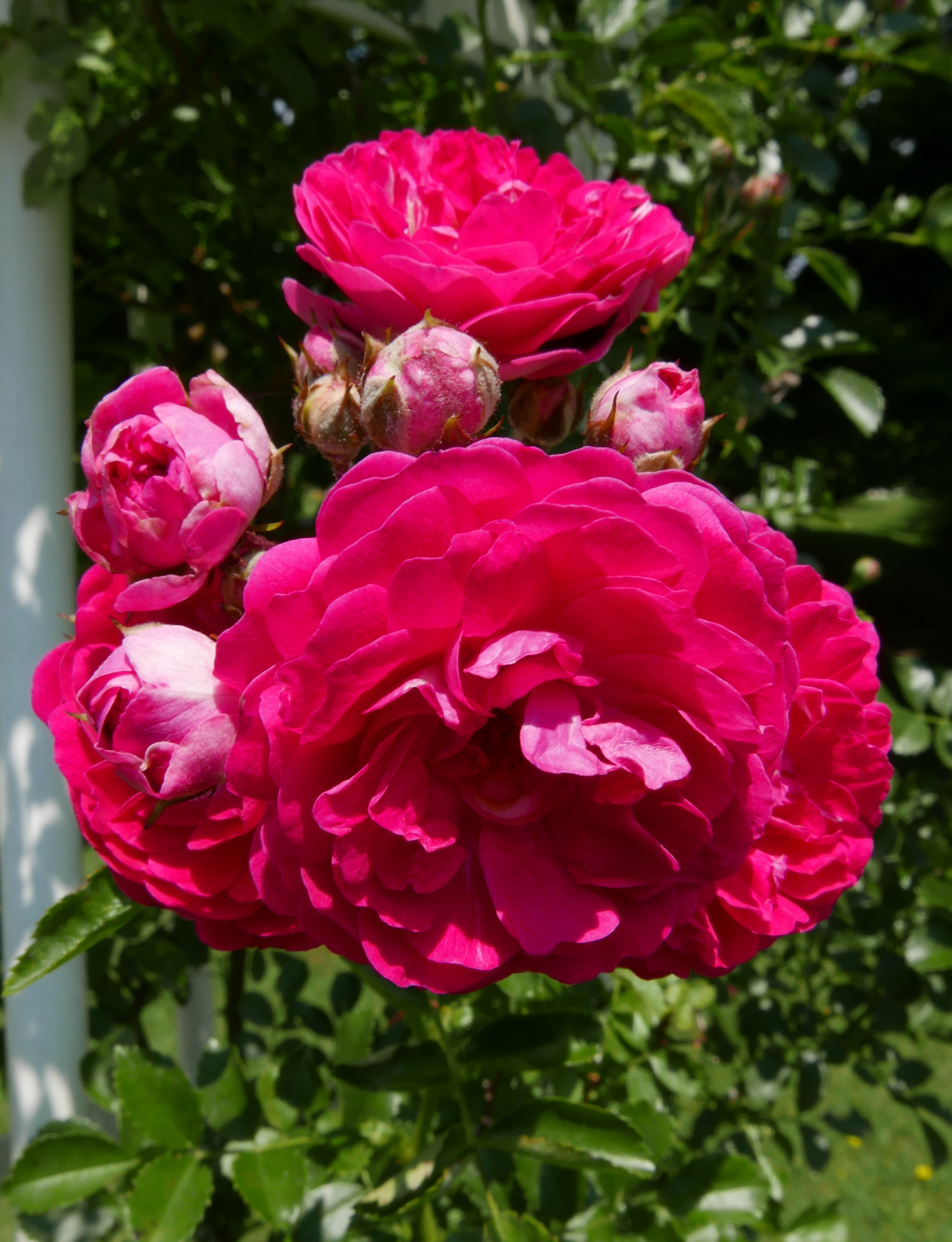
‘Red Dorothy Perkins’, Walsh, 1908
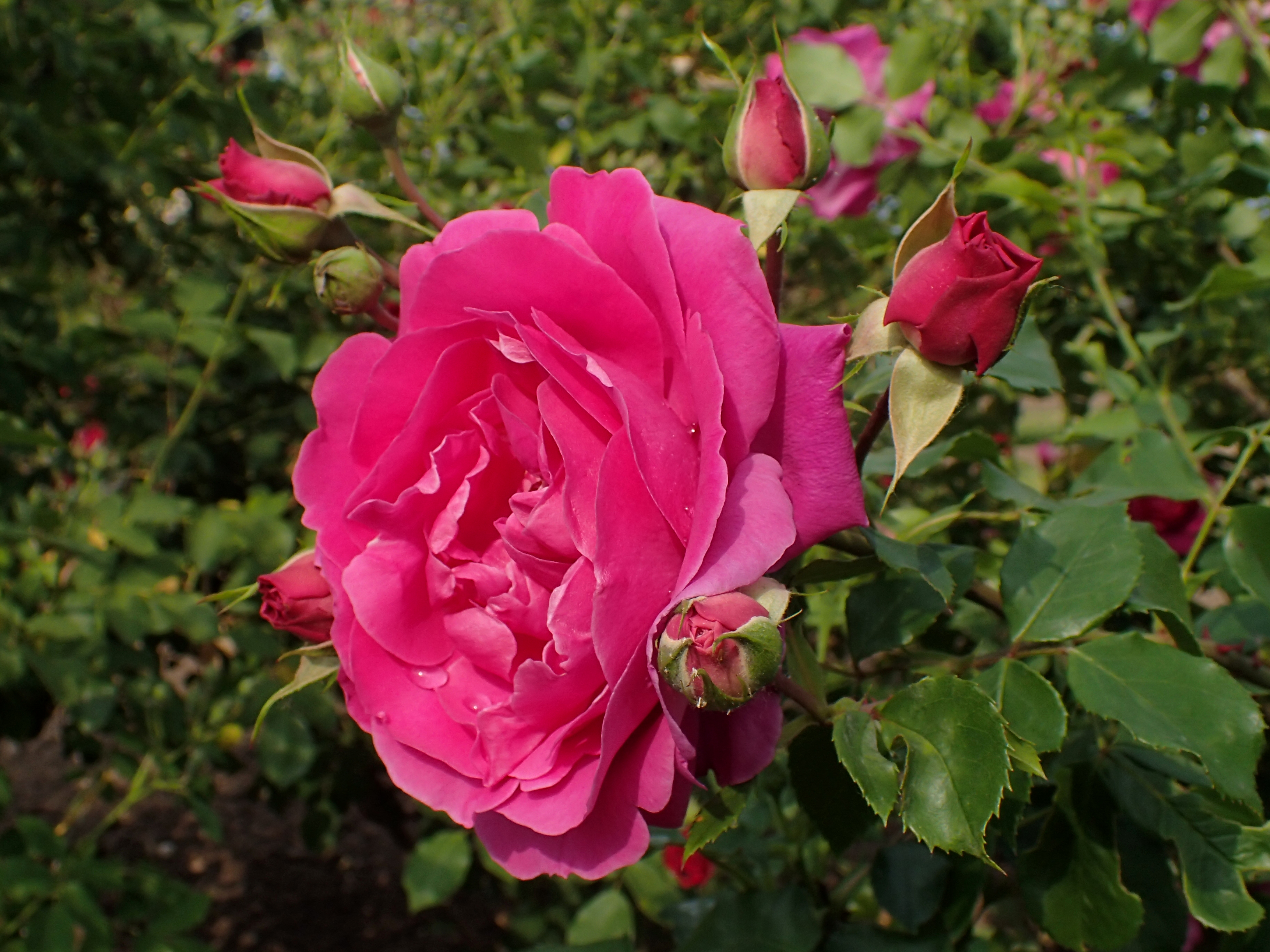
‘Red Dawn’, Robert Simonet, 1957
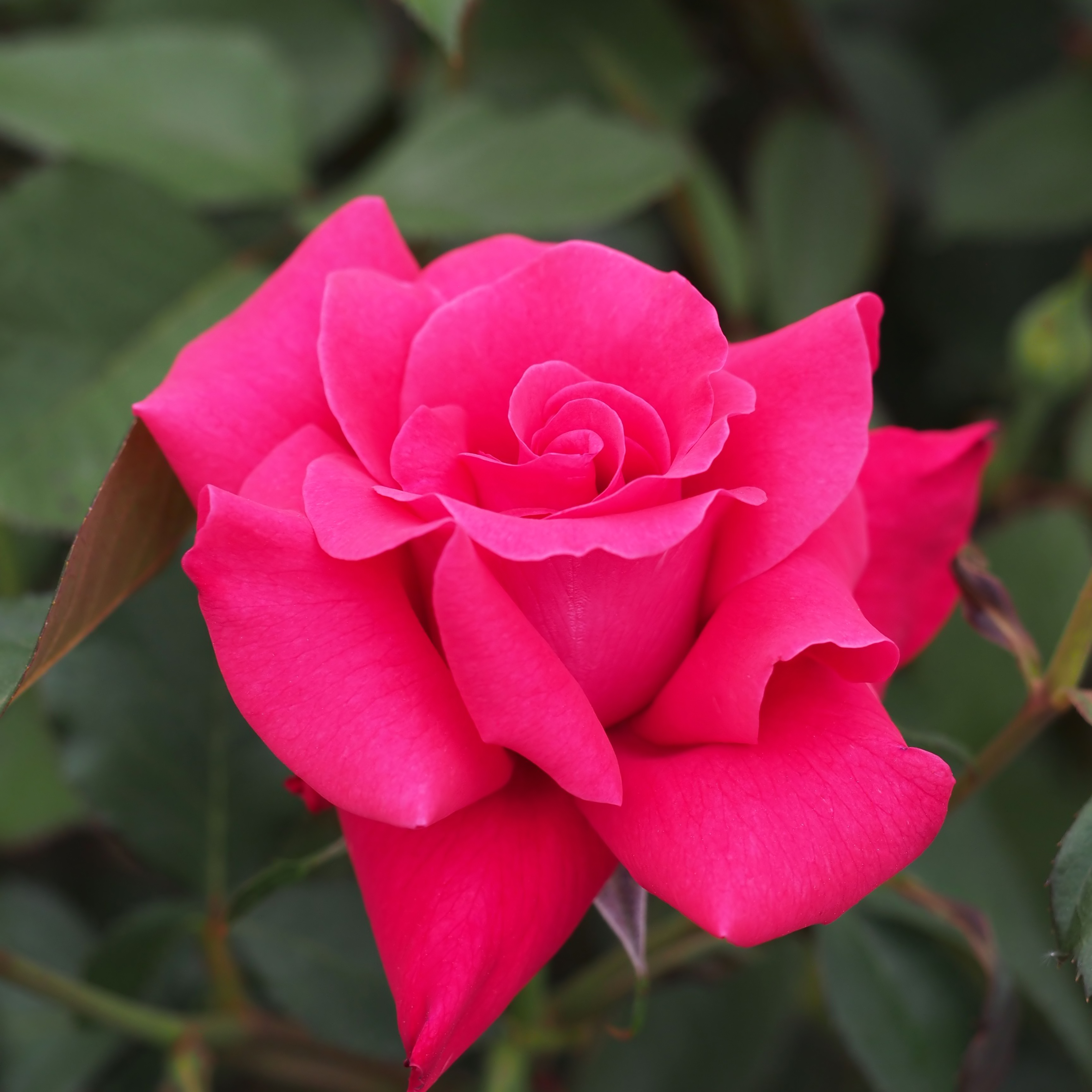
‘Red Hiroshima’, Kazuzo Tagashira, 1990
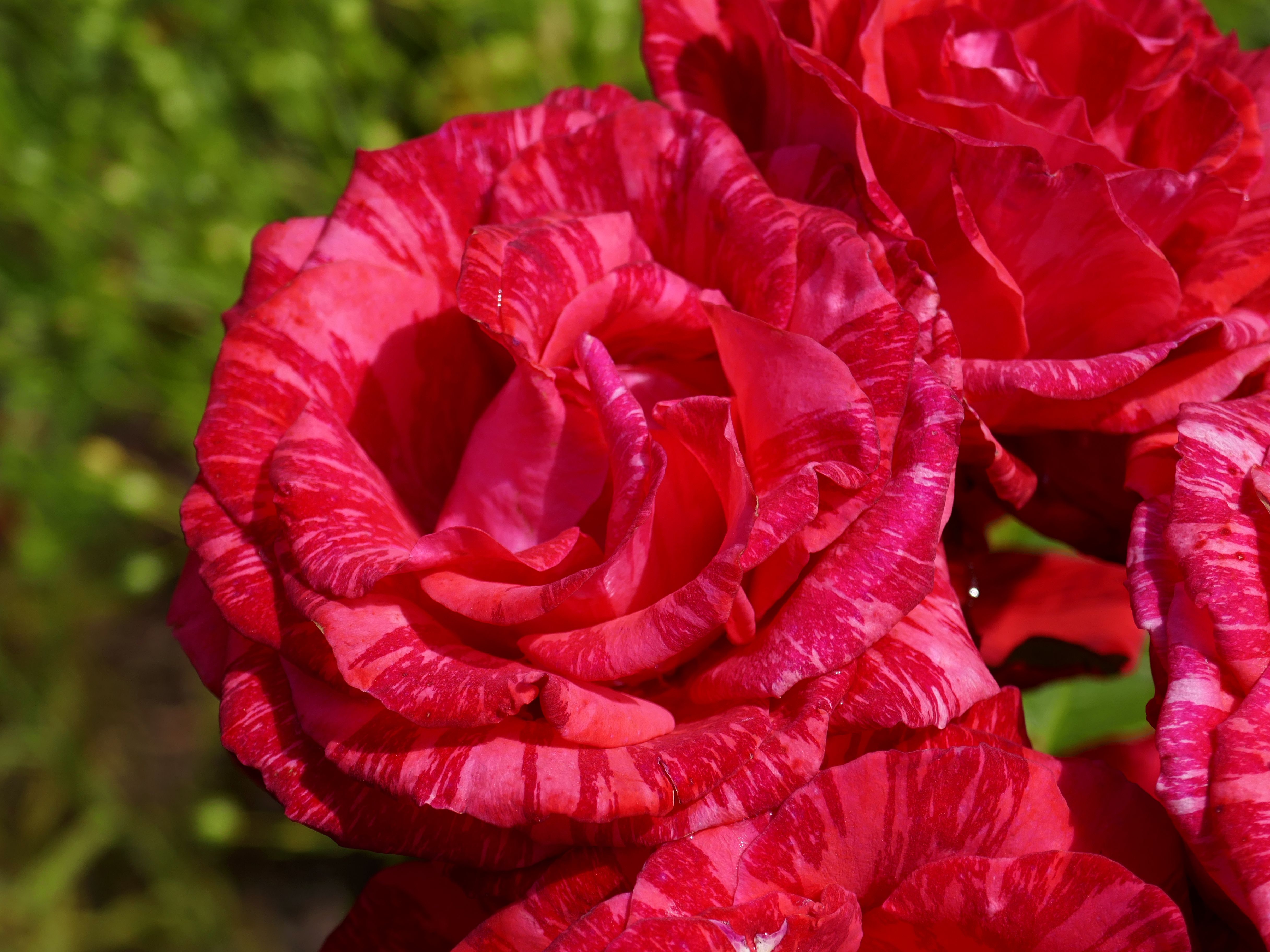
‘Red Intuition’, Delbard, 1999
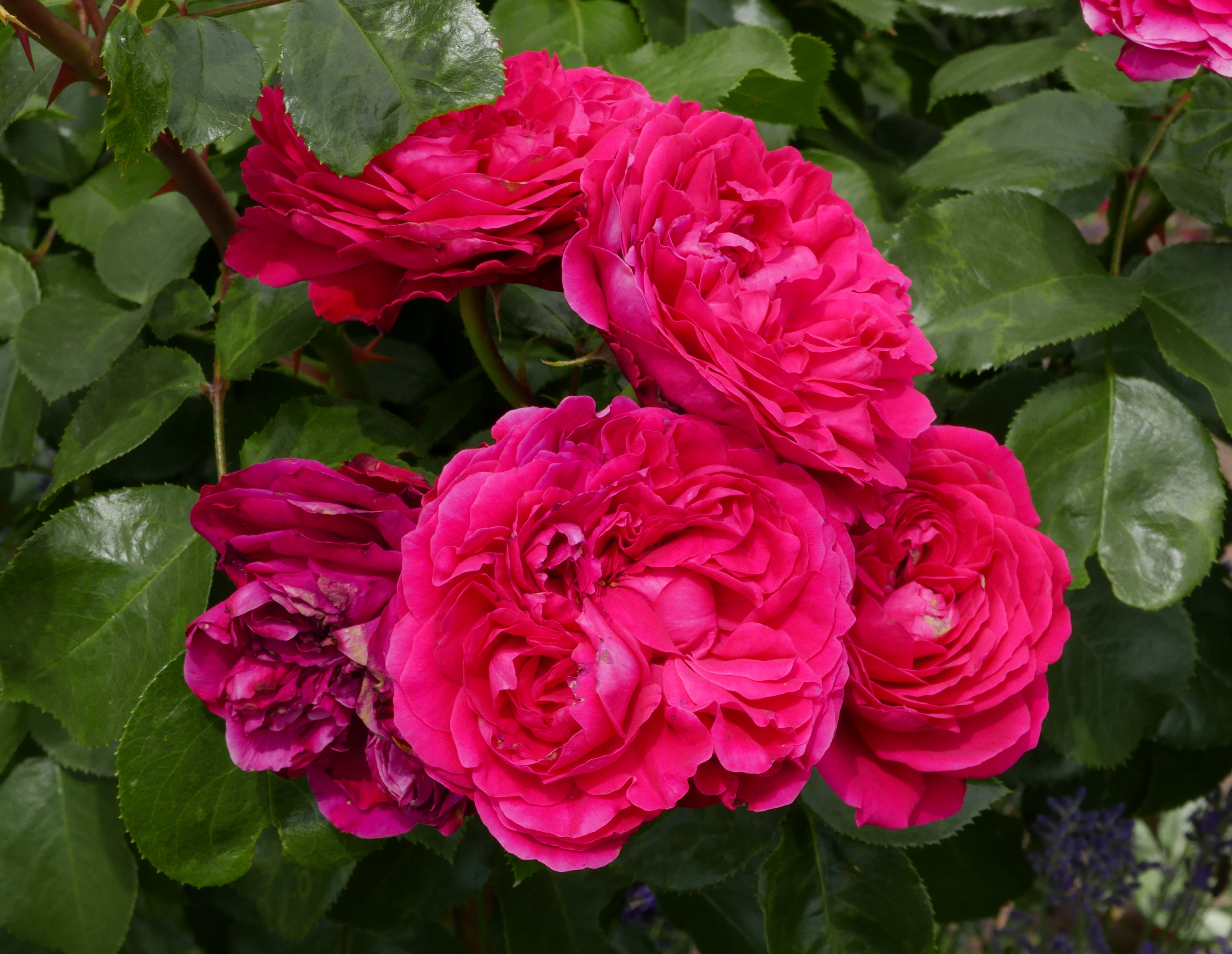
‘Red Leonardo da Vinci’, Meilland, 2002
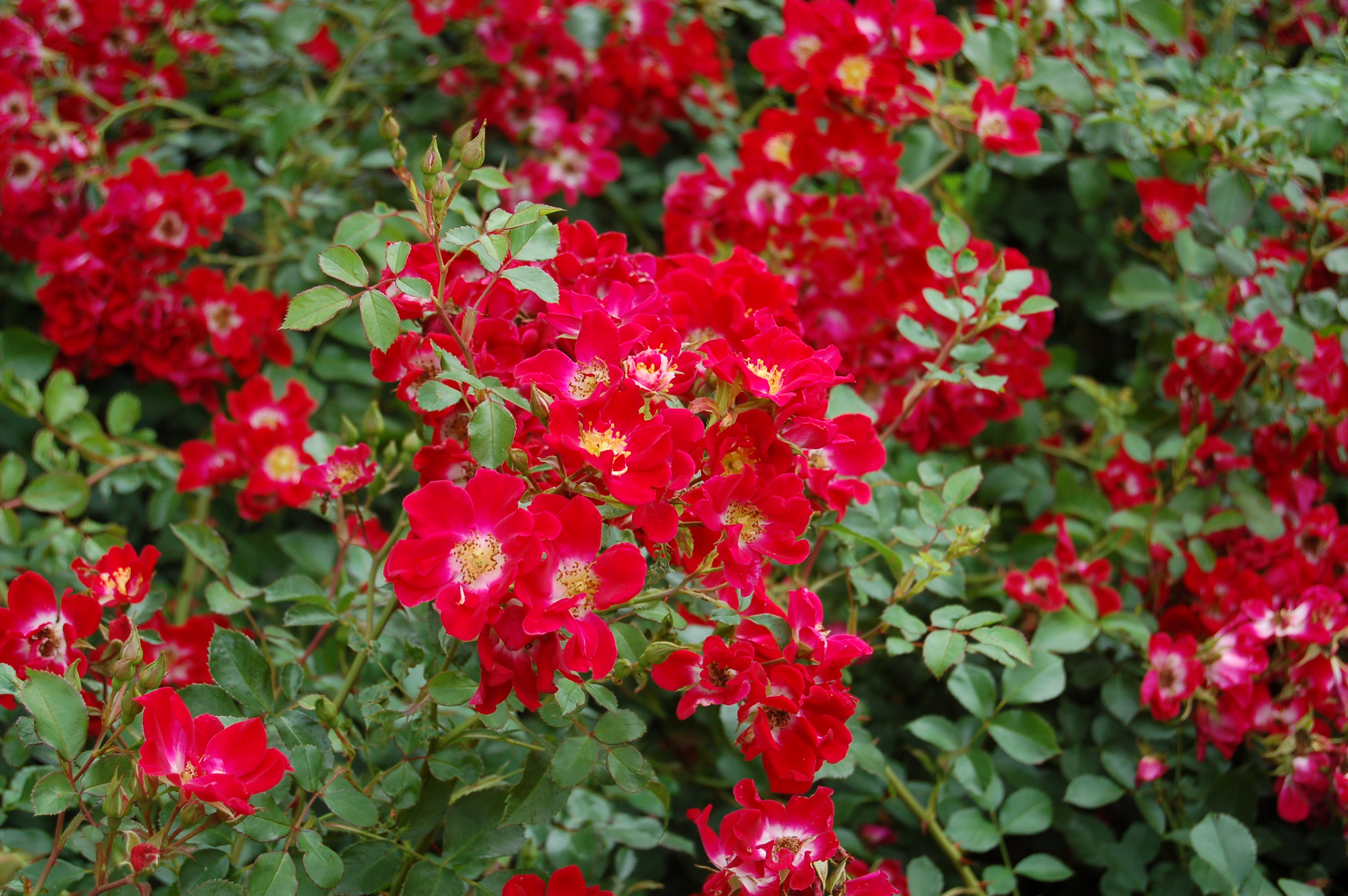
‘Red Meidiland’, Meilland, 1988
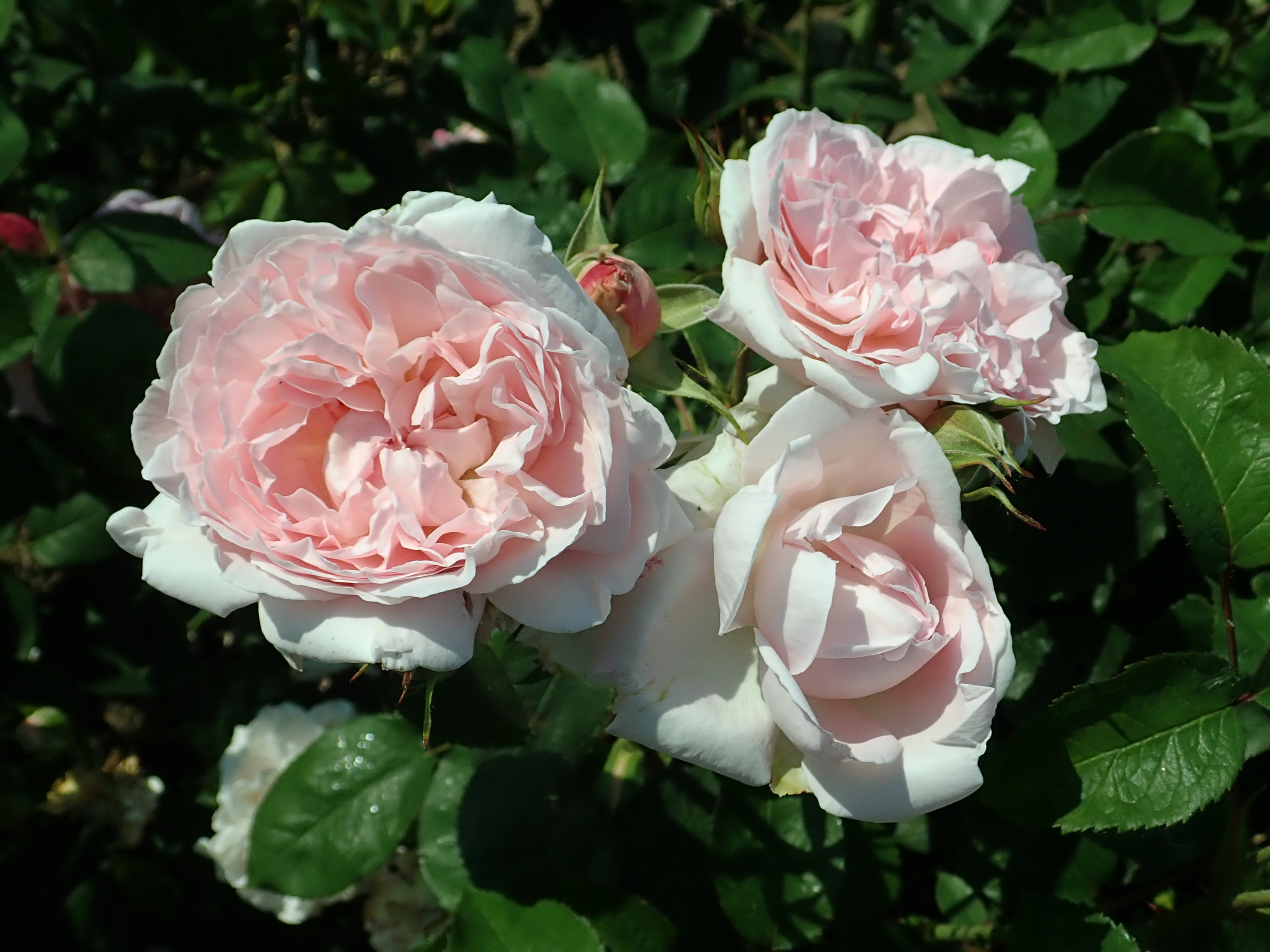
‘Redouté’, Austin, 1992
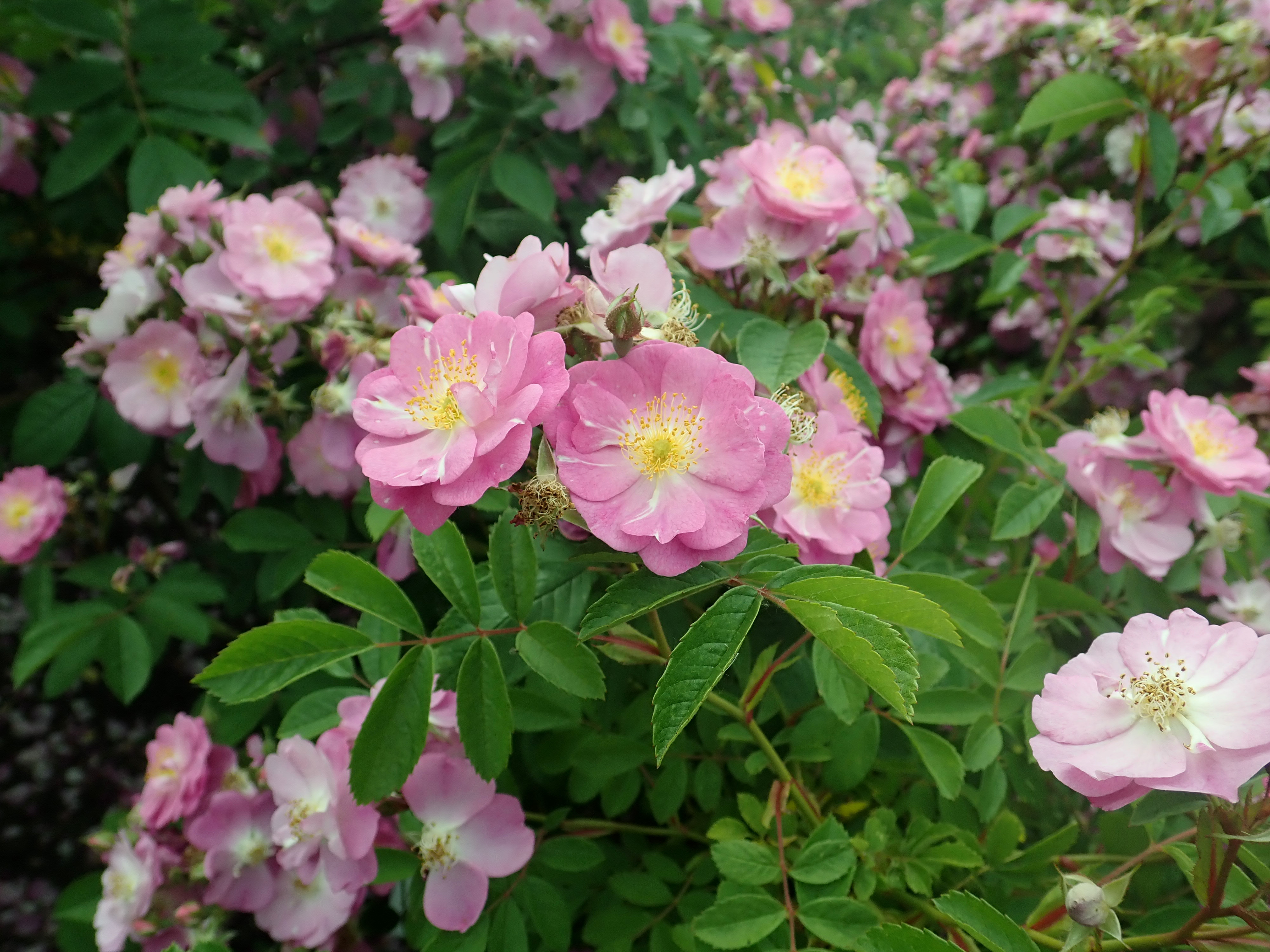
‘Red Robin’, Louis Lens, 1985/1992
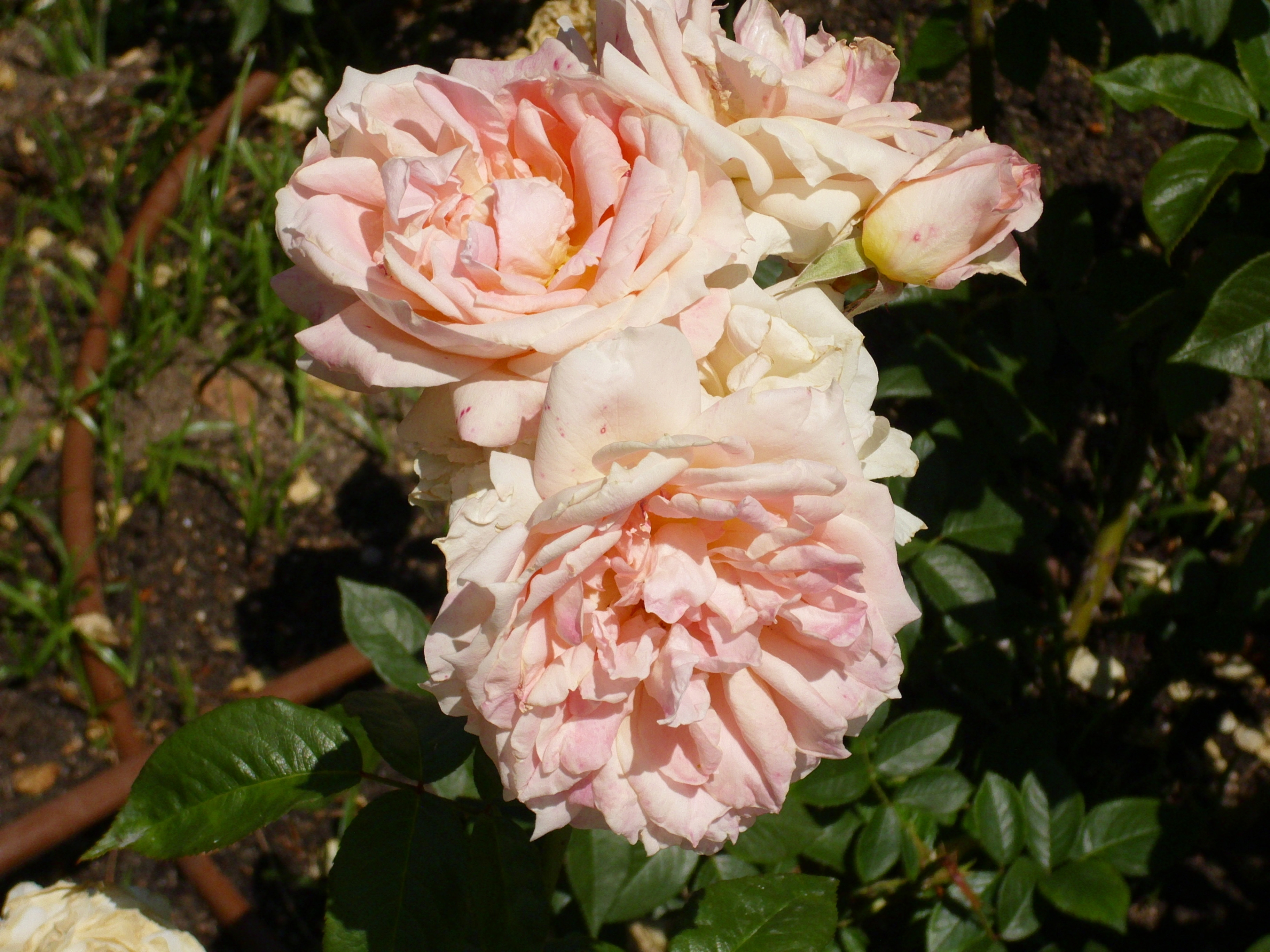
‘Reflets de Nacre’, François Dorieux, 2007
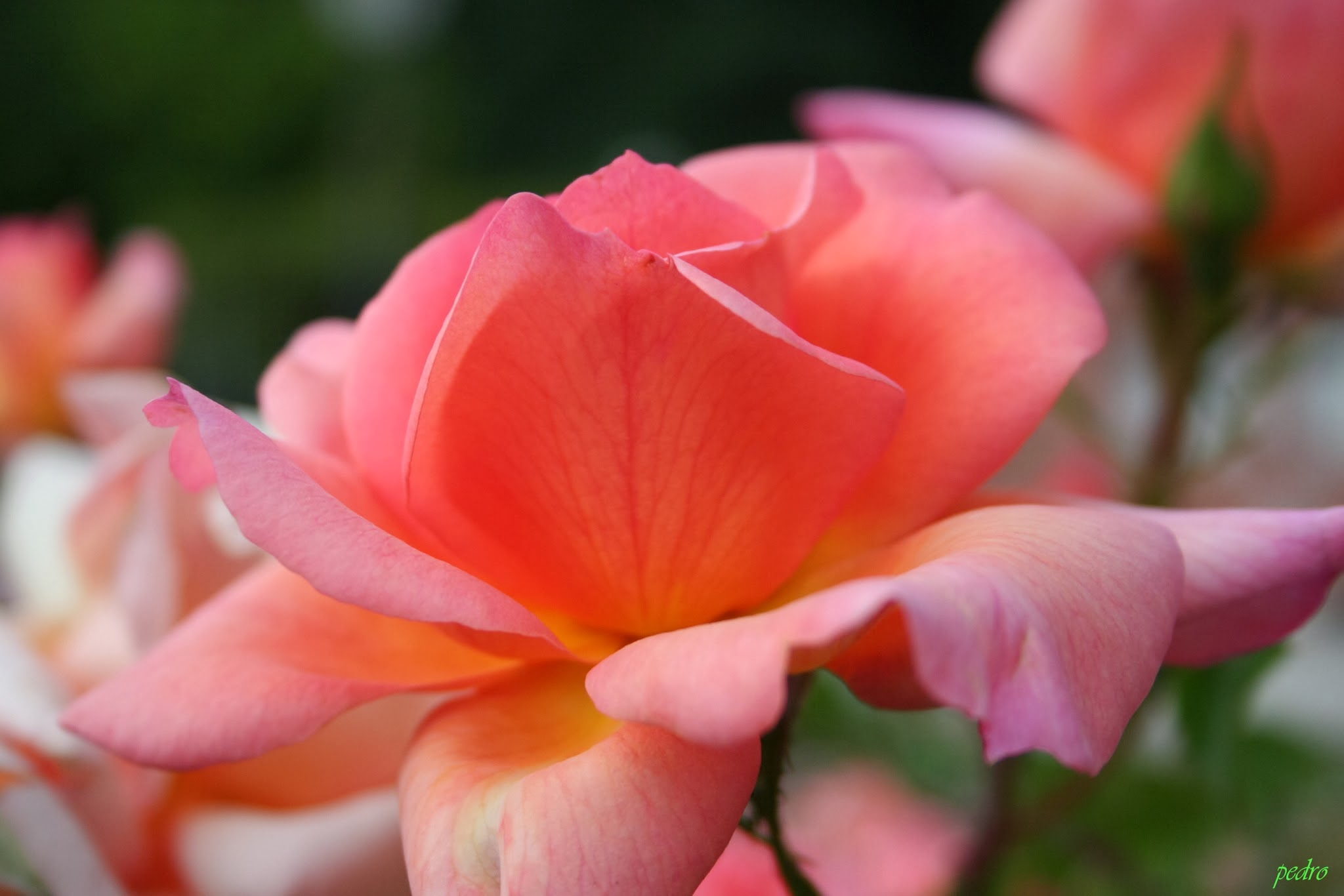
‘Regatta’, Meilland, 1991
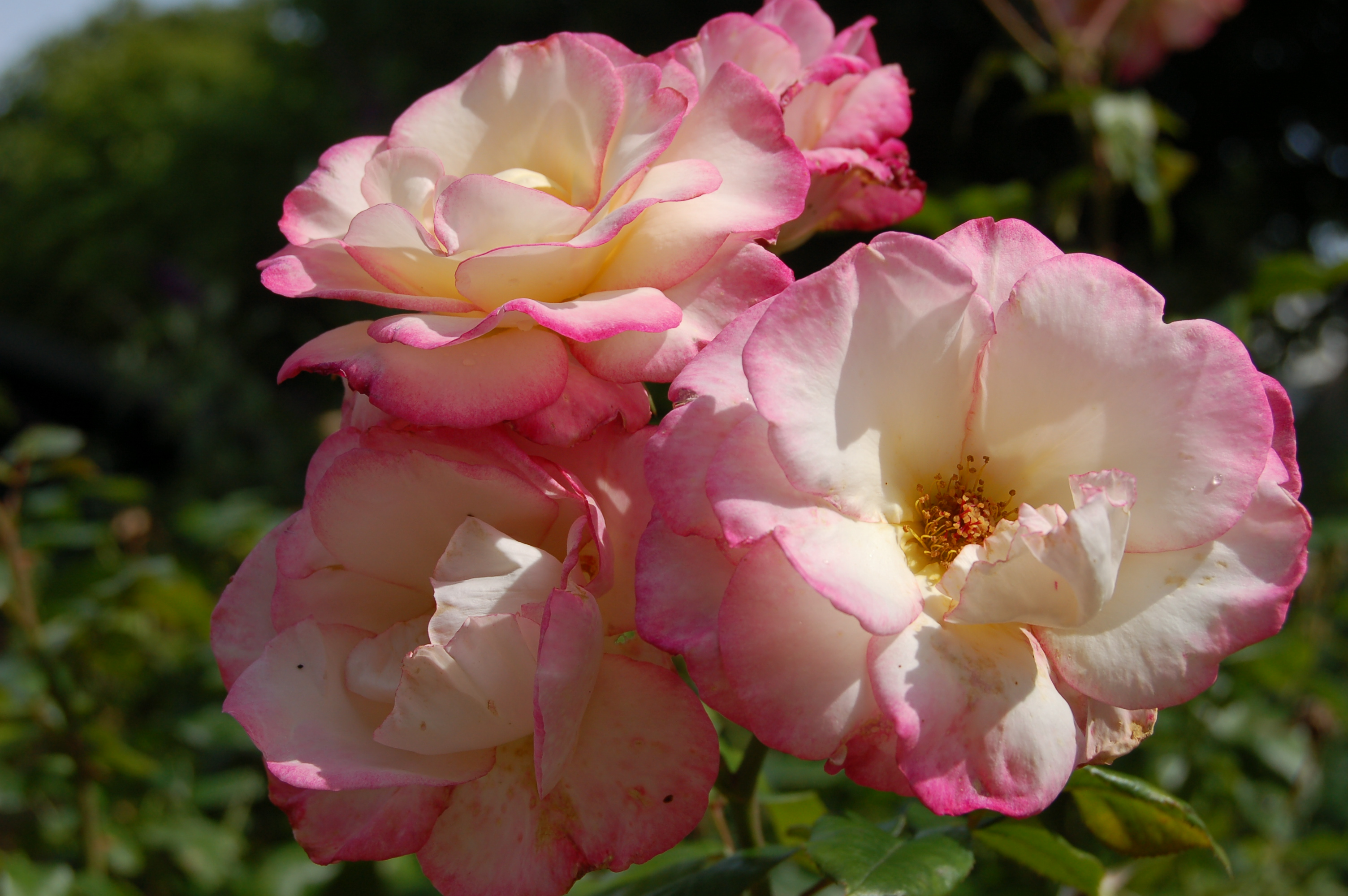
‘Regensberg’, McGredy, 1979
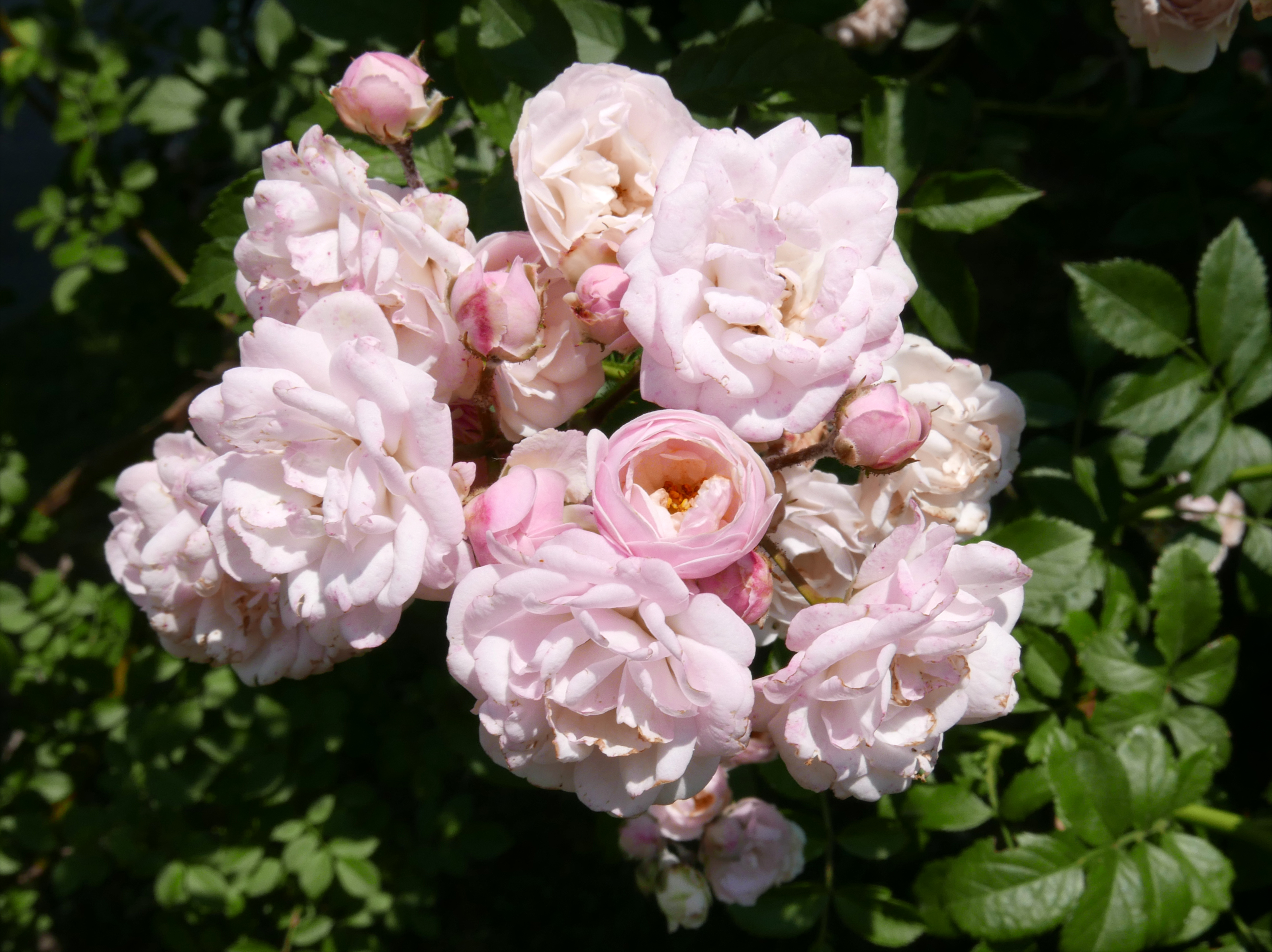
‘Regierungsrat Rottenberger’, Praskac, 1926
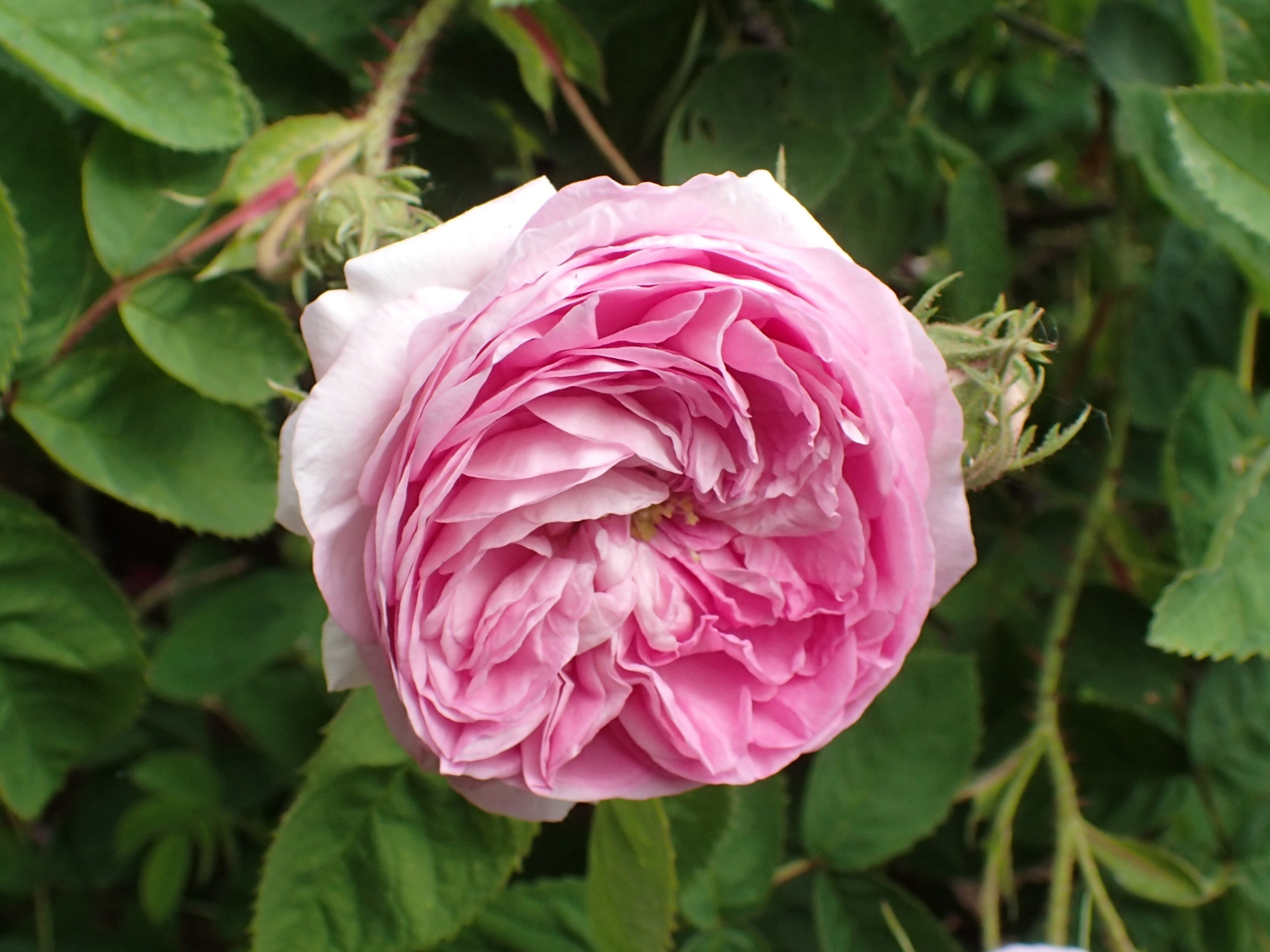
‘Regina’, vor 1805
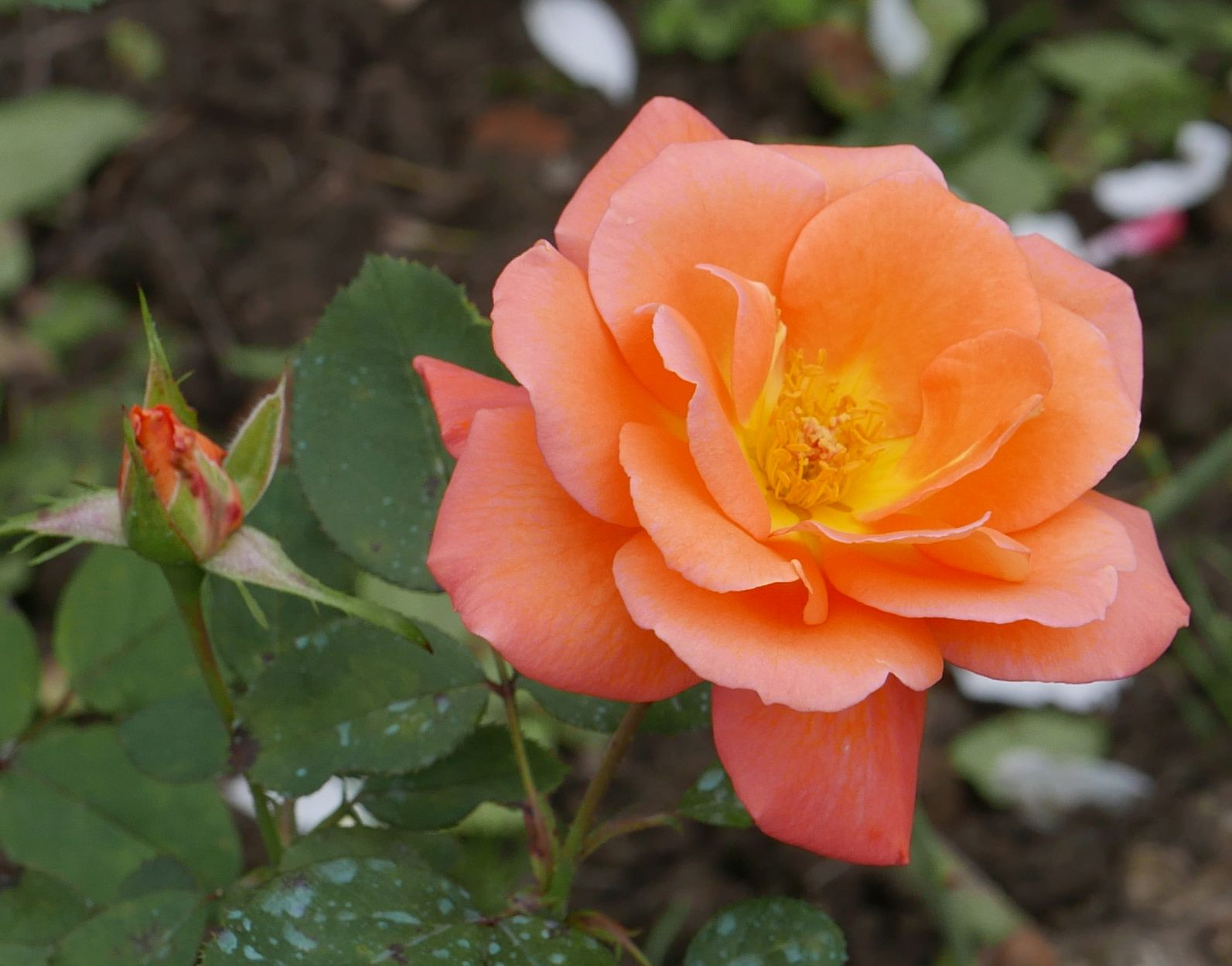
‘Reigen’, Anni Berger, 1984
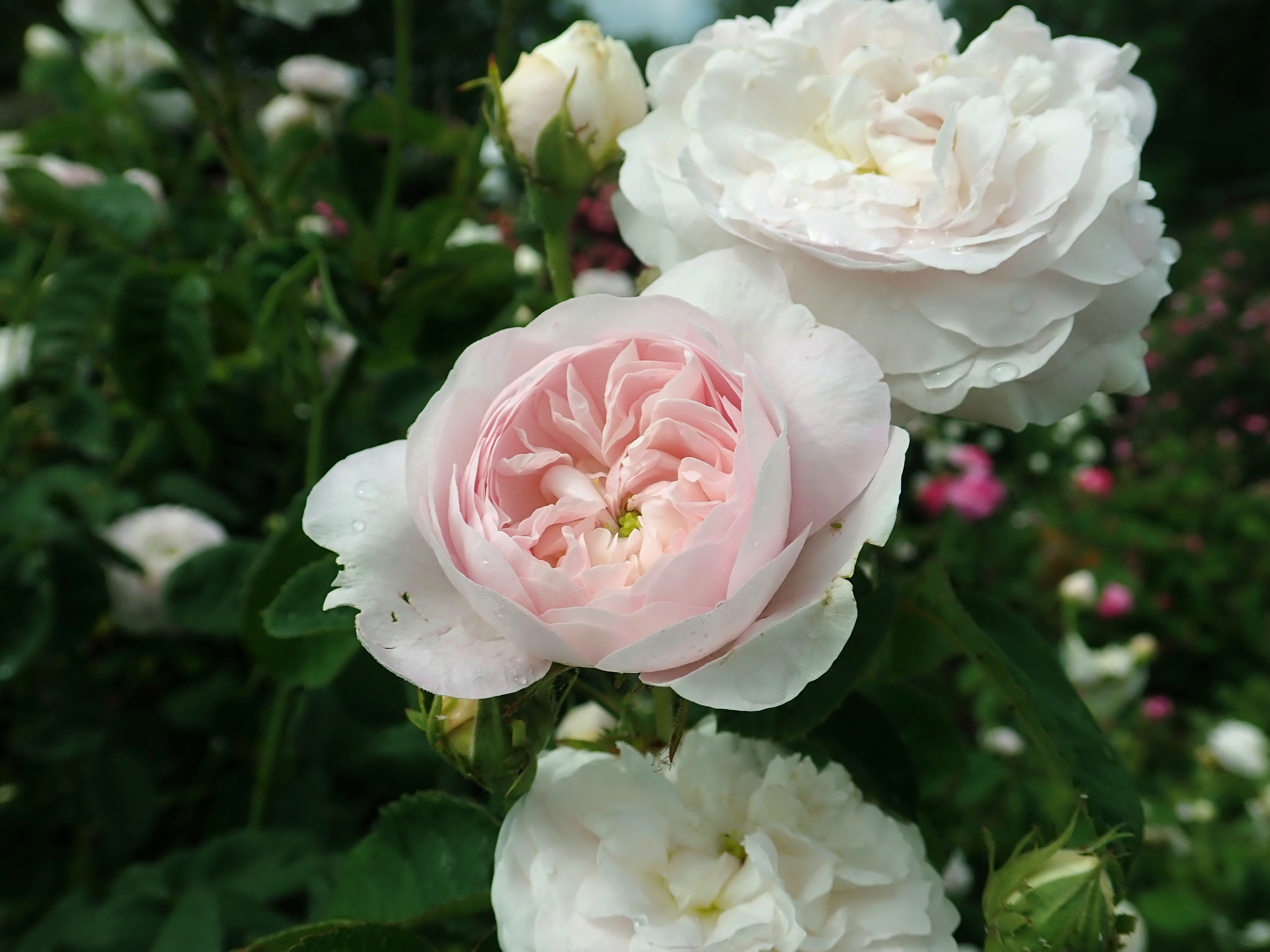
‘Reine de Perse’, vor 1825
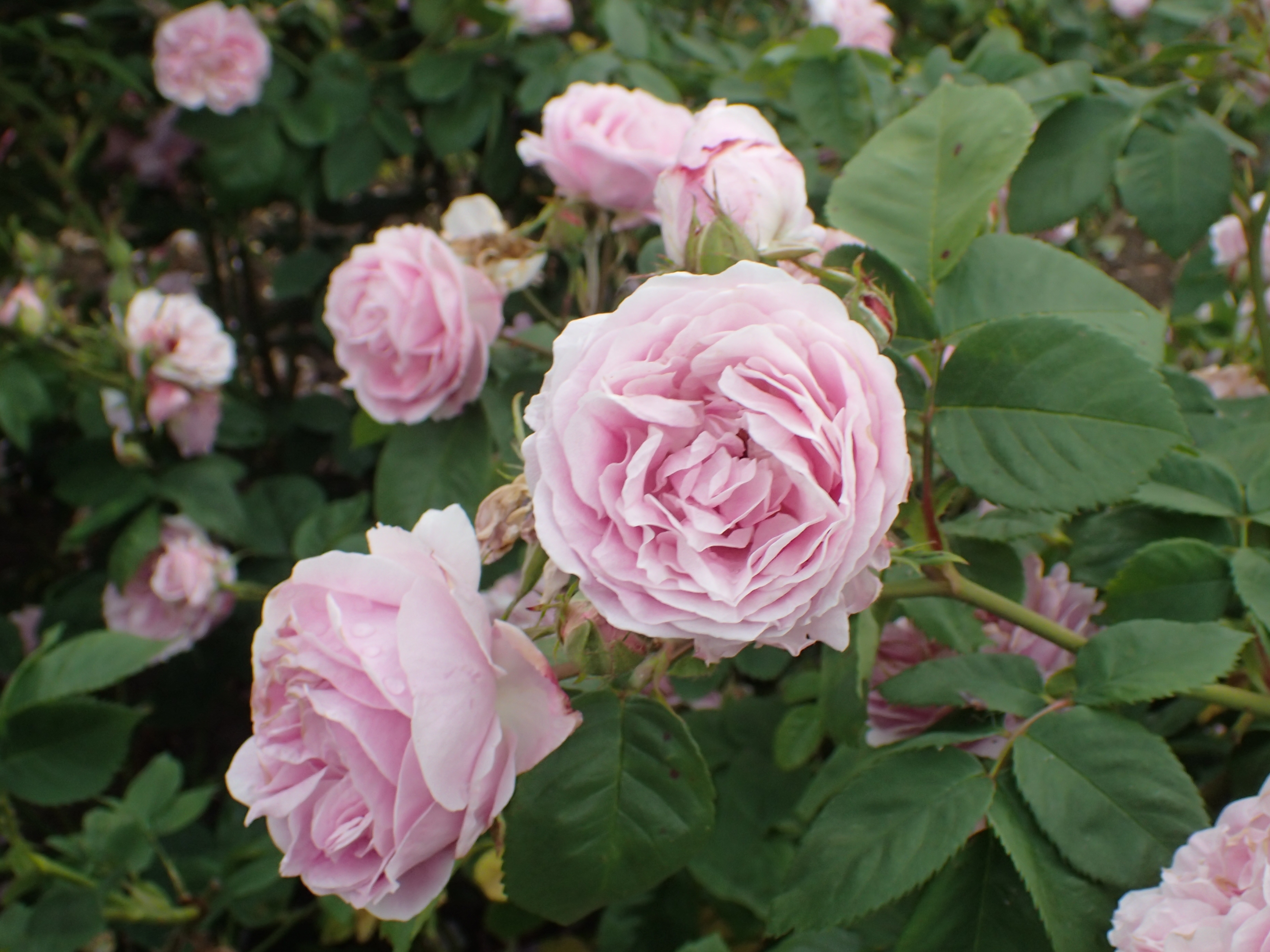
‘Reine des Île-Bourbon’ (auch ‘Bourbon Queen’), Mauget, 1834
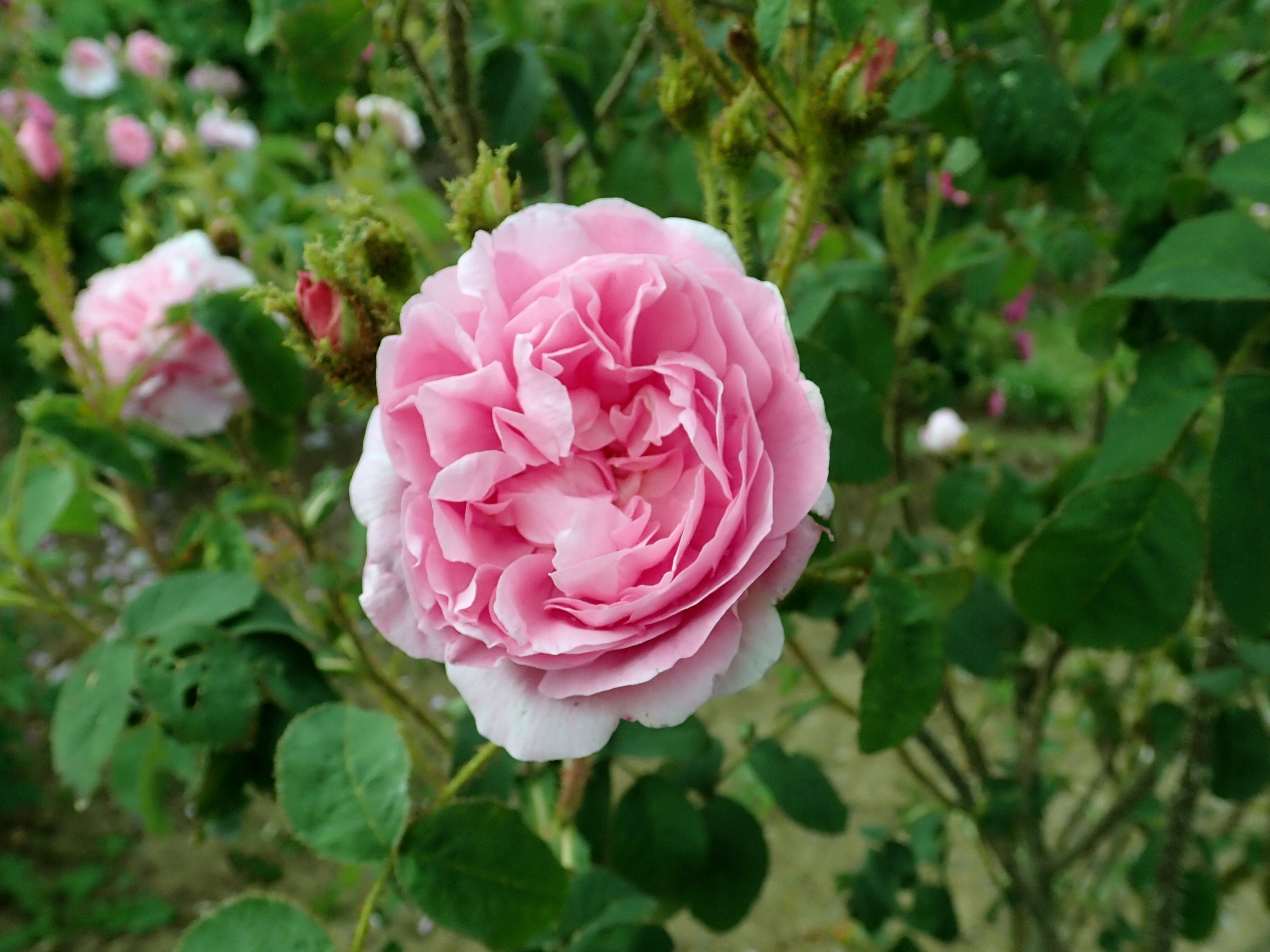
‘Reine des Mousseuses’, Robert & Moreau, um 1860
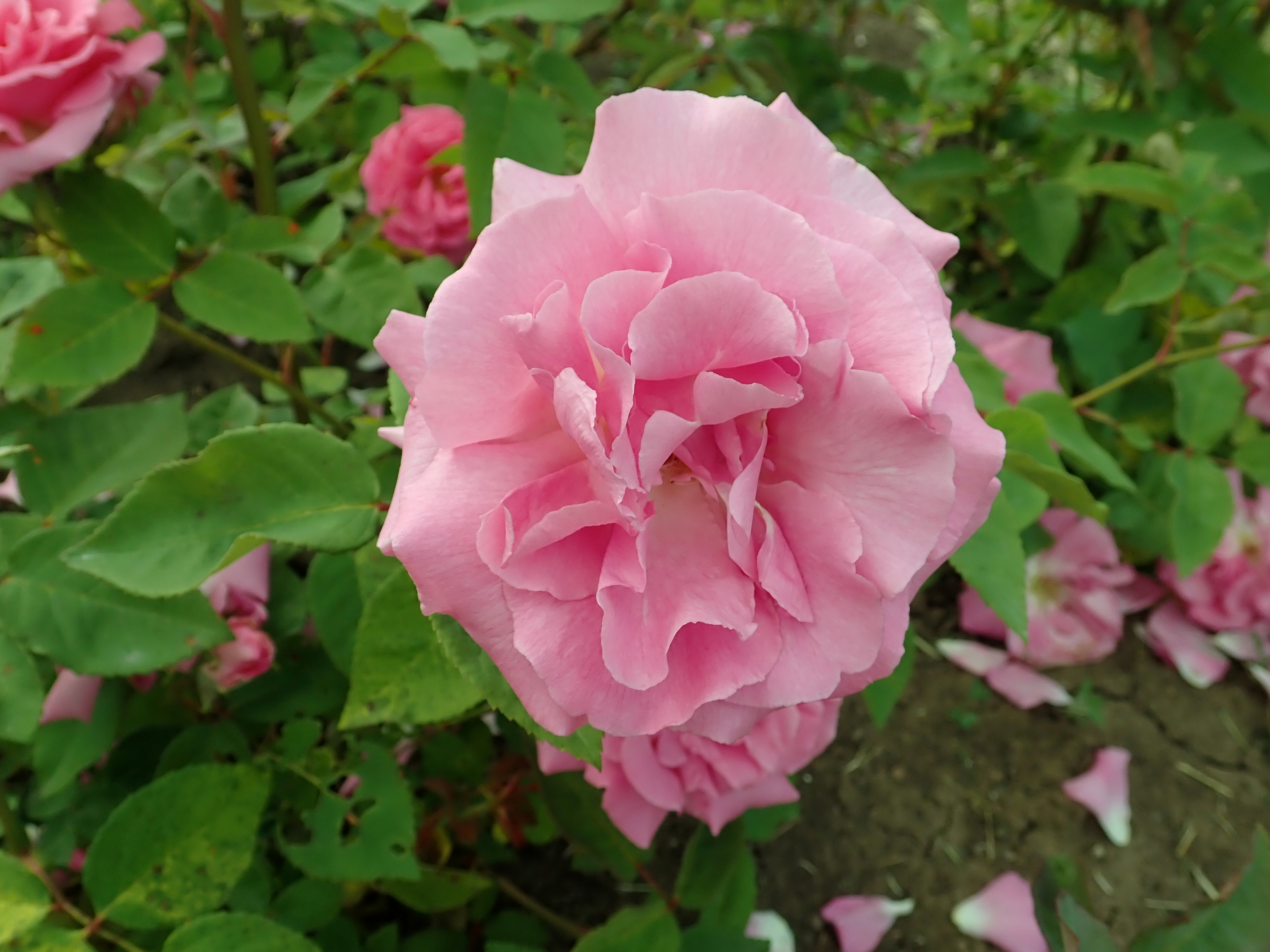
‘Reine des Vierges’, Jean Beluze, 1844
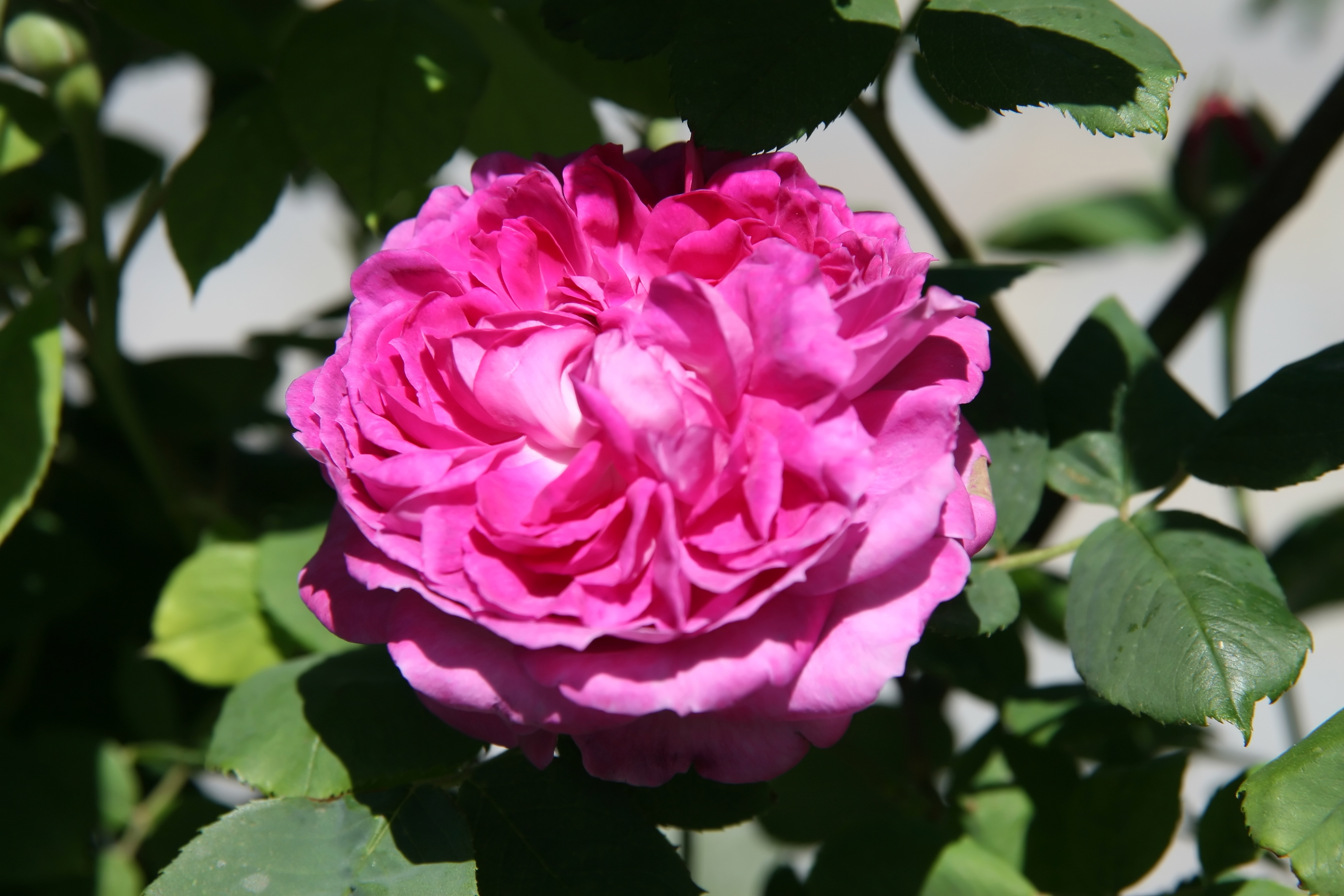
‘Reine des Violettes’, Mille-Mallet, 1860
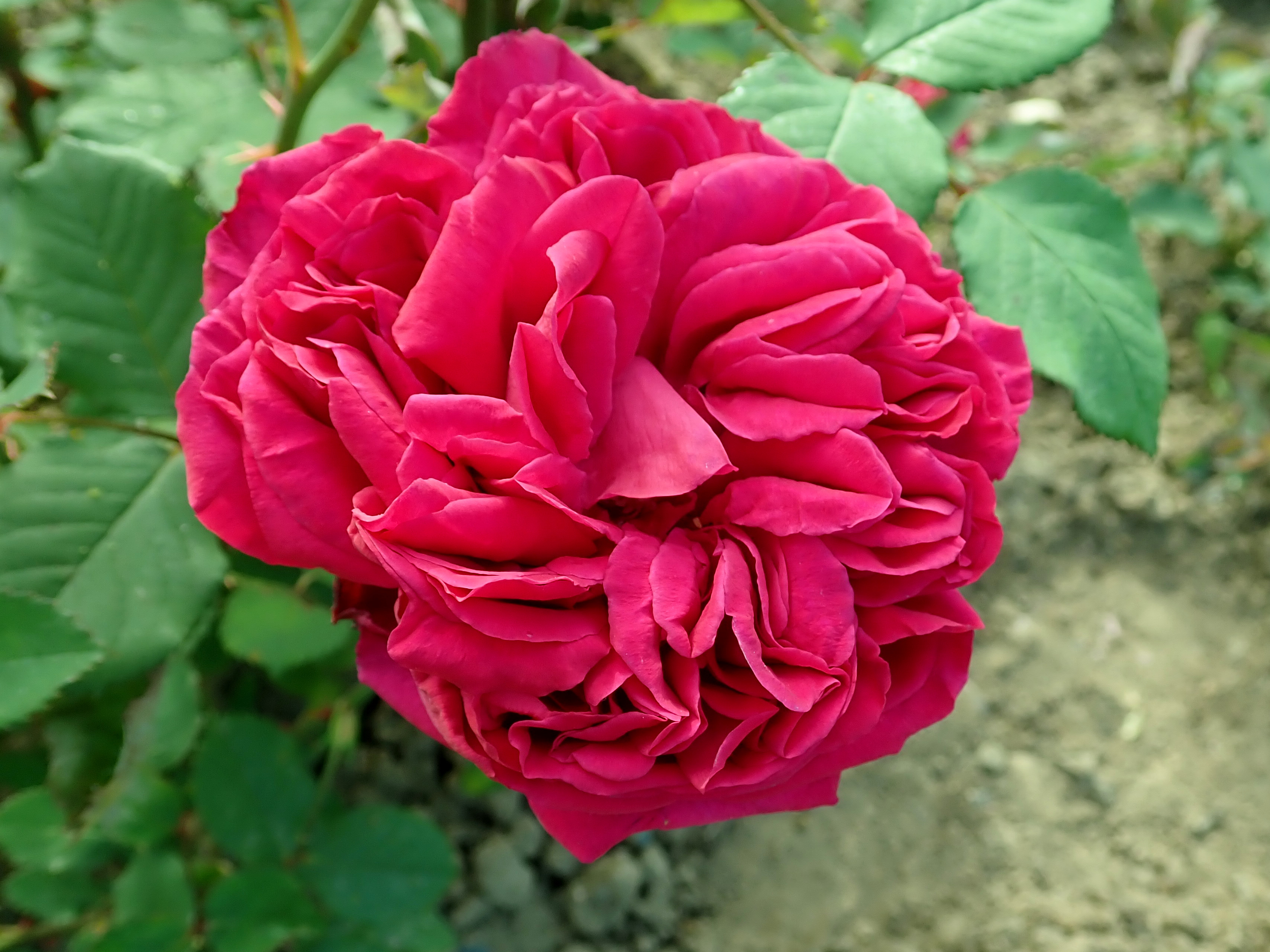
‘Reine Marguerite d’Italie’, Soupert & Notting, 1904
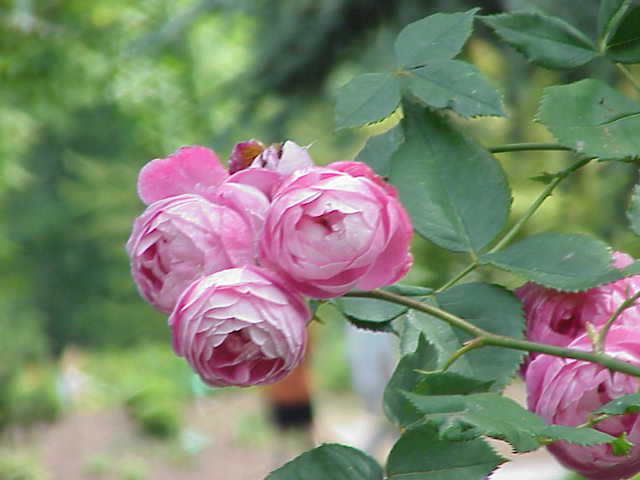
‘Reine Victoria’, Schwartz, 1872
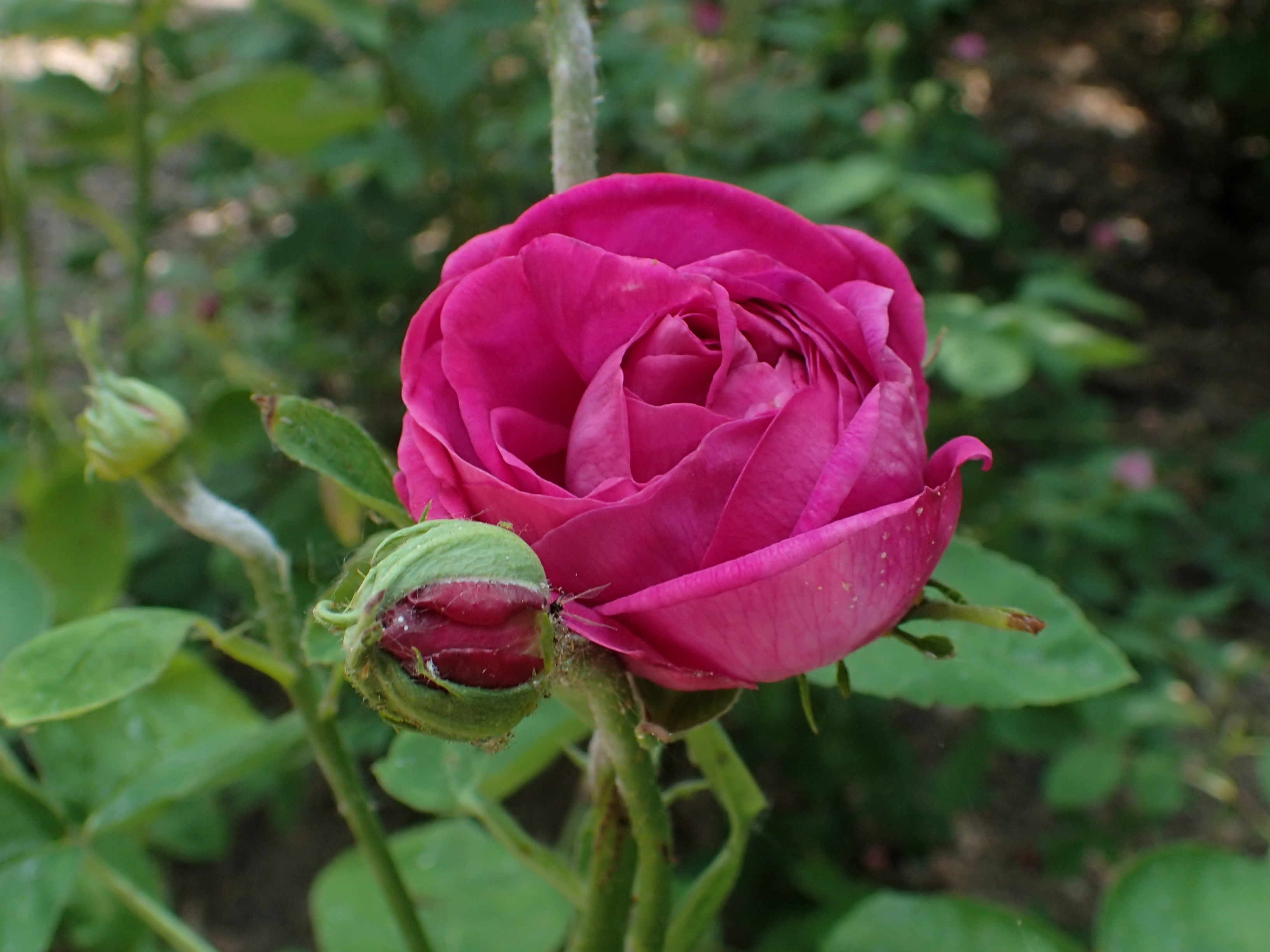
‘Rembrandt’, Moreau-Robert, 1883
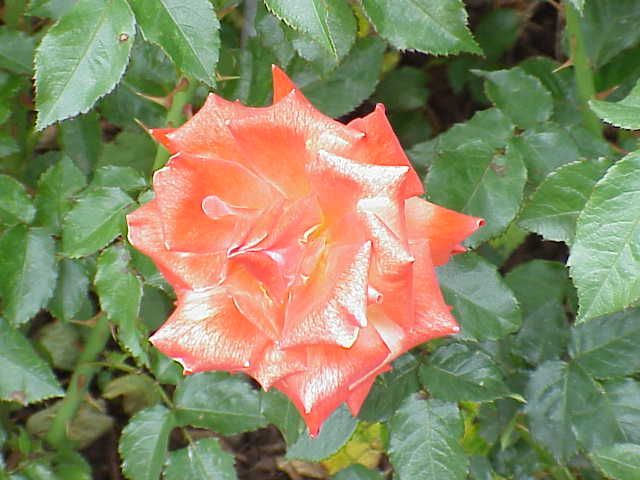
‘Remember Me’, Cocker, 1984
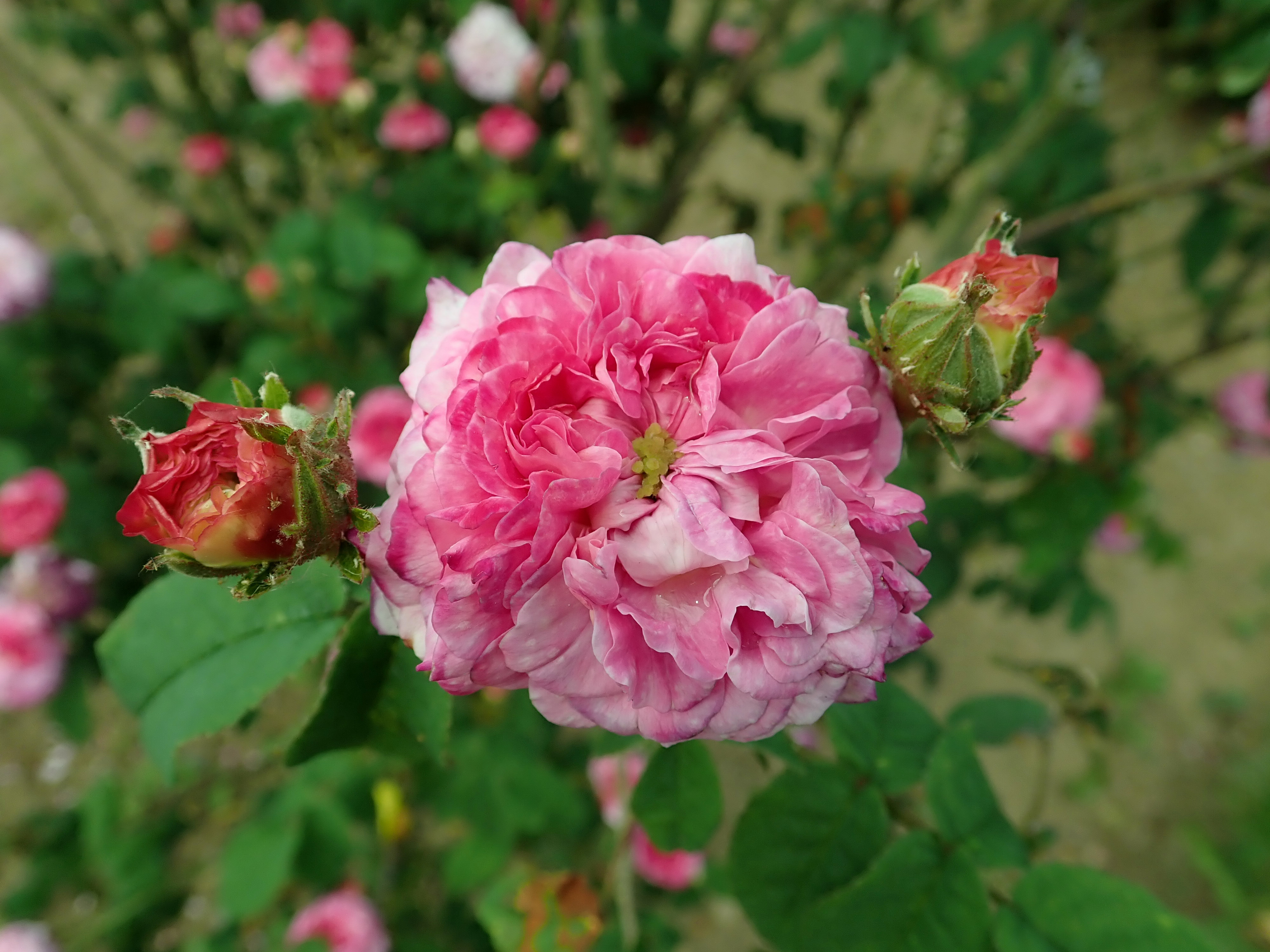
‘Renoncule ponctuée’, Vibert, 1835
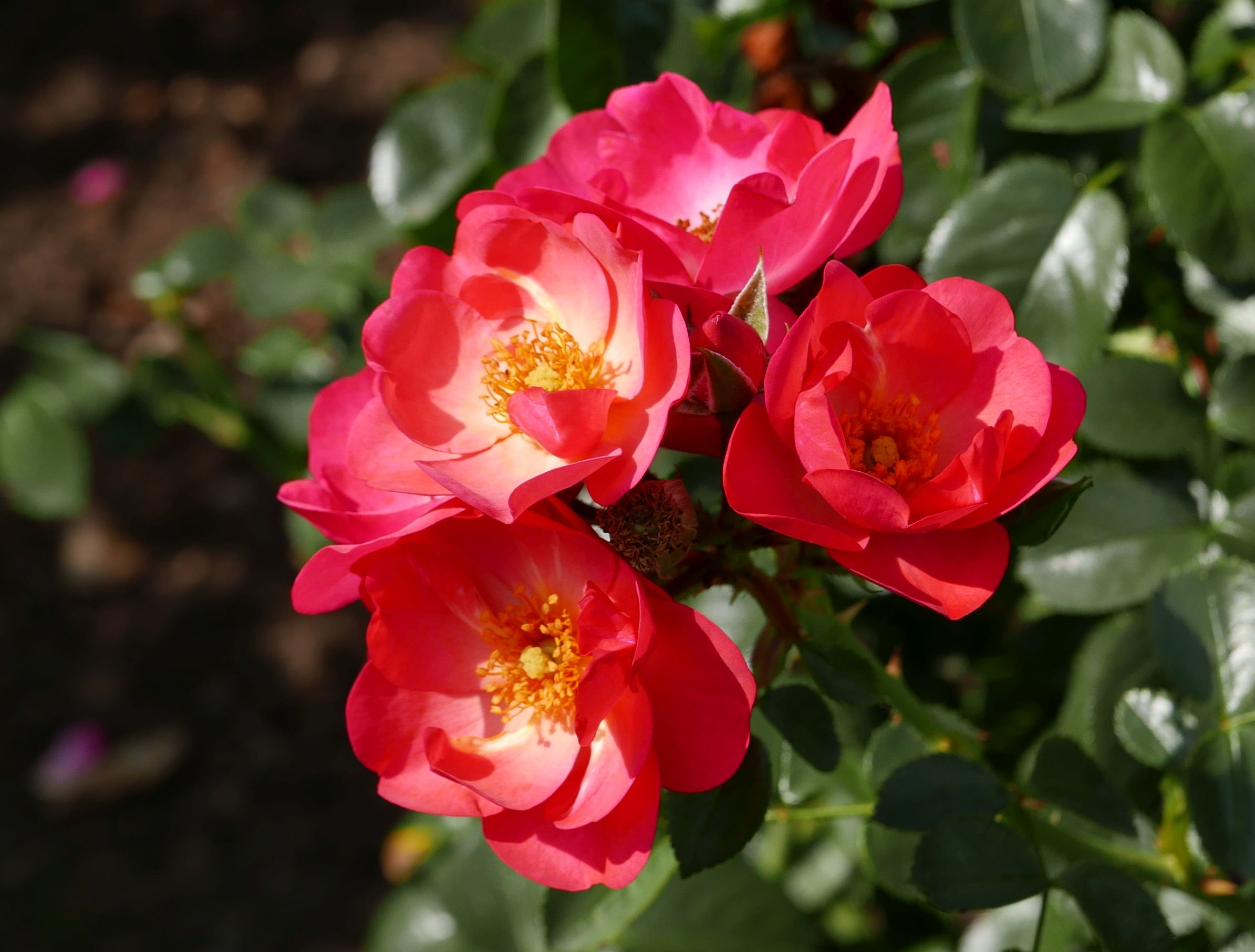
‘Residenz’, Noack, 2012
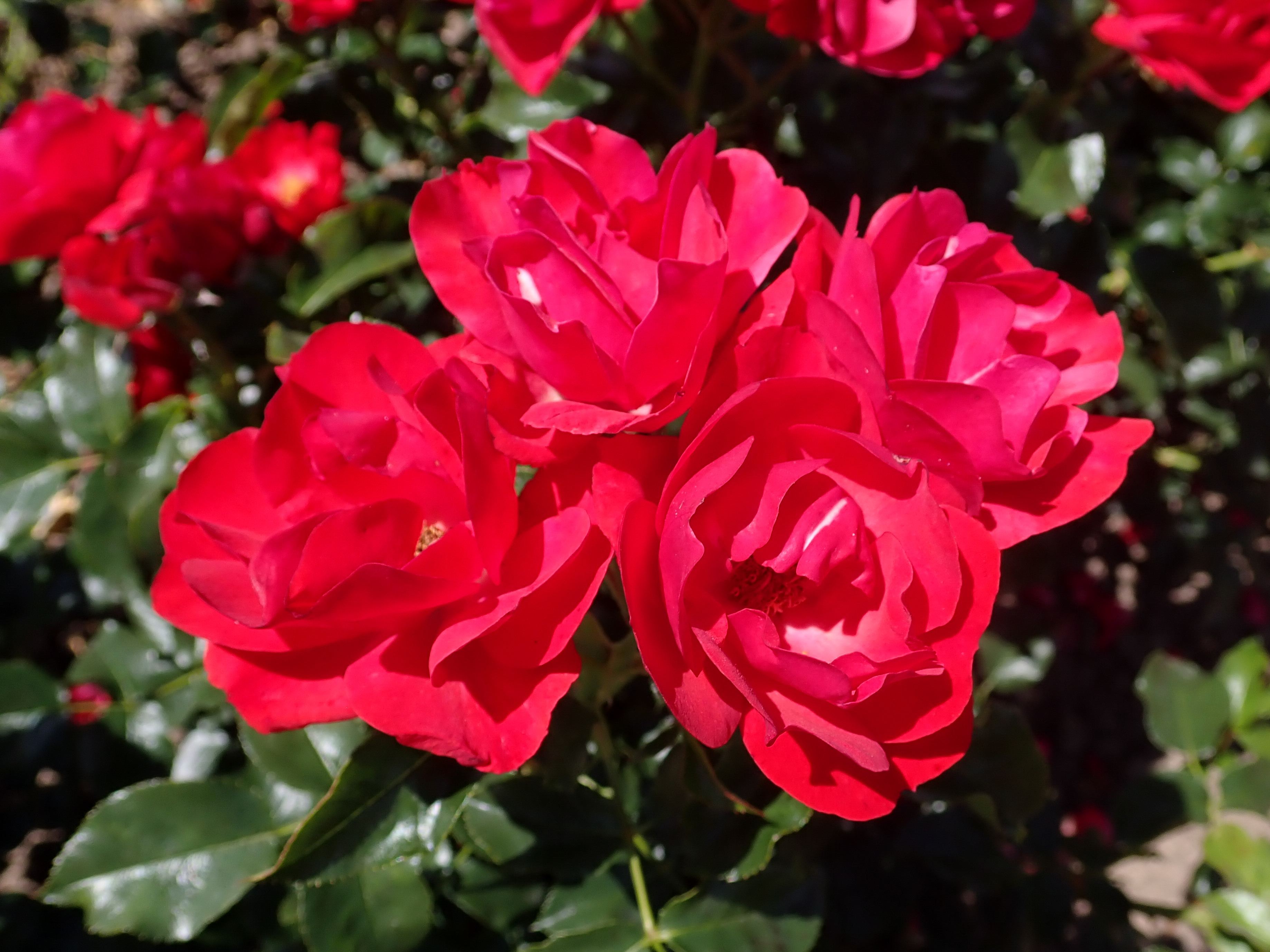
‘Resonanz’, Noack 2005
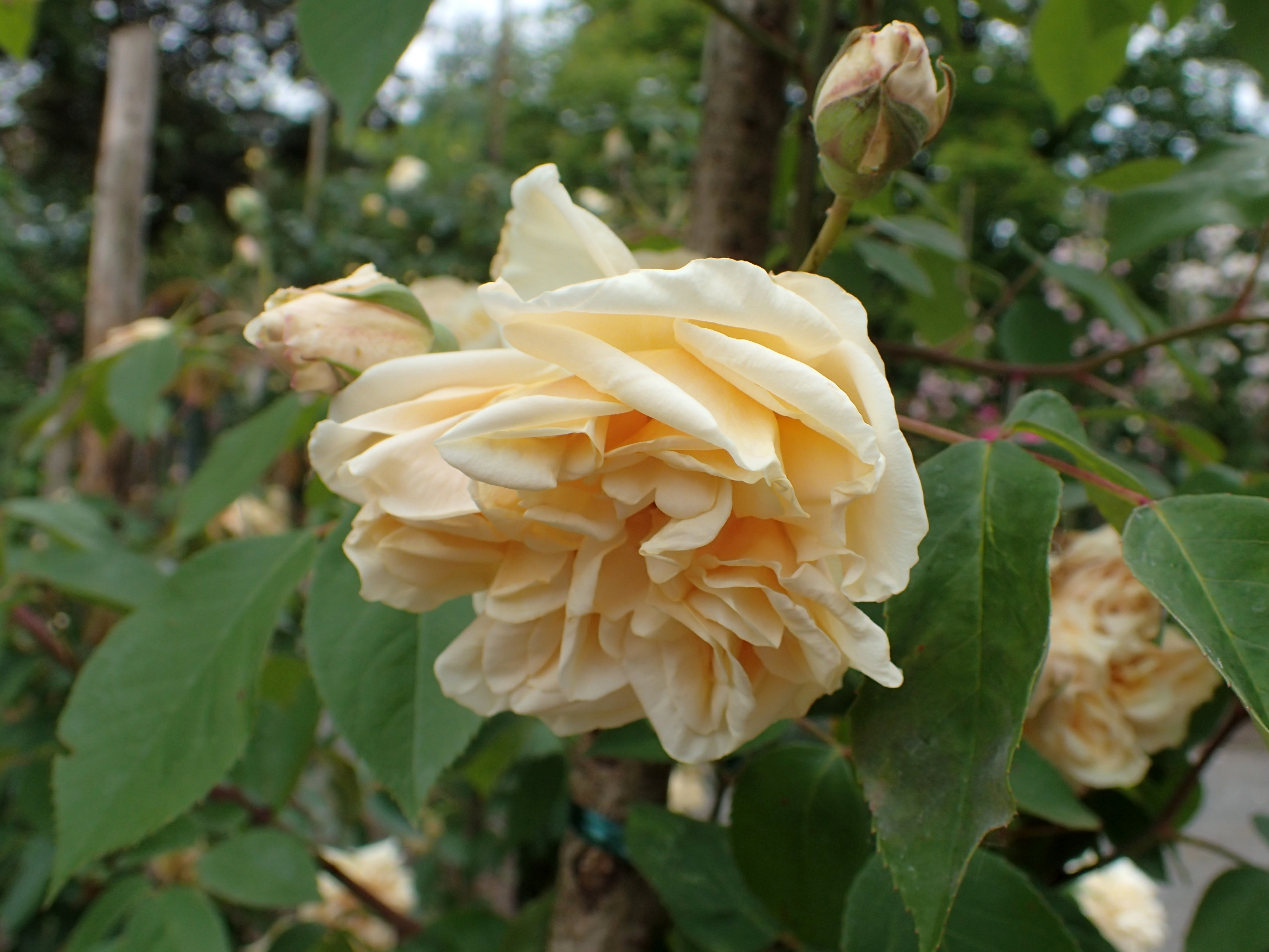
‘Rêve d’Or’, Ducher, 1869
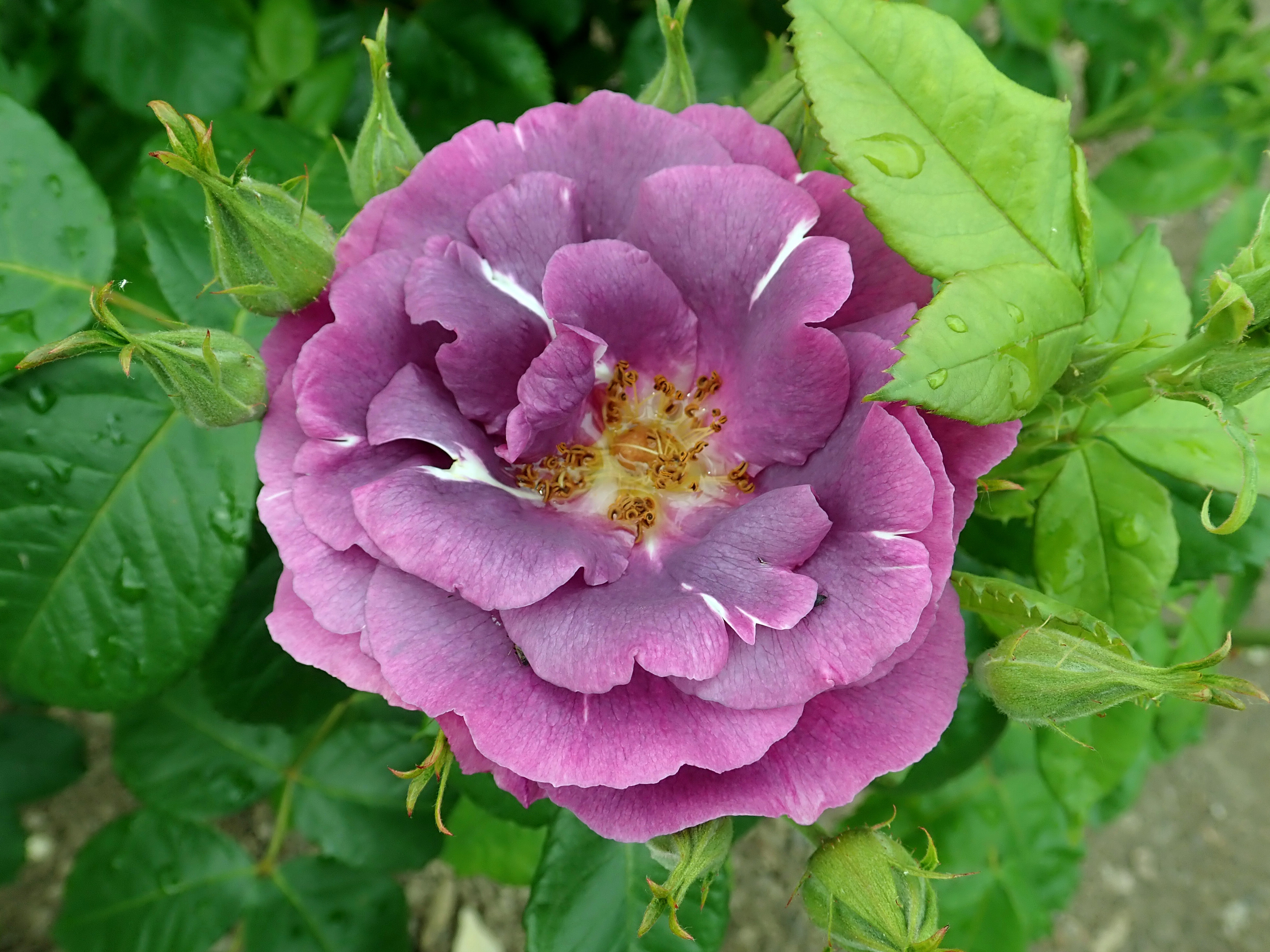
‘Rhapsody in Blue’, Cowlishaw, vor 1999
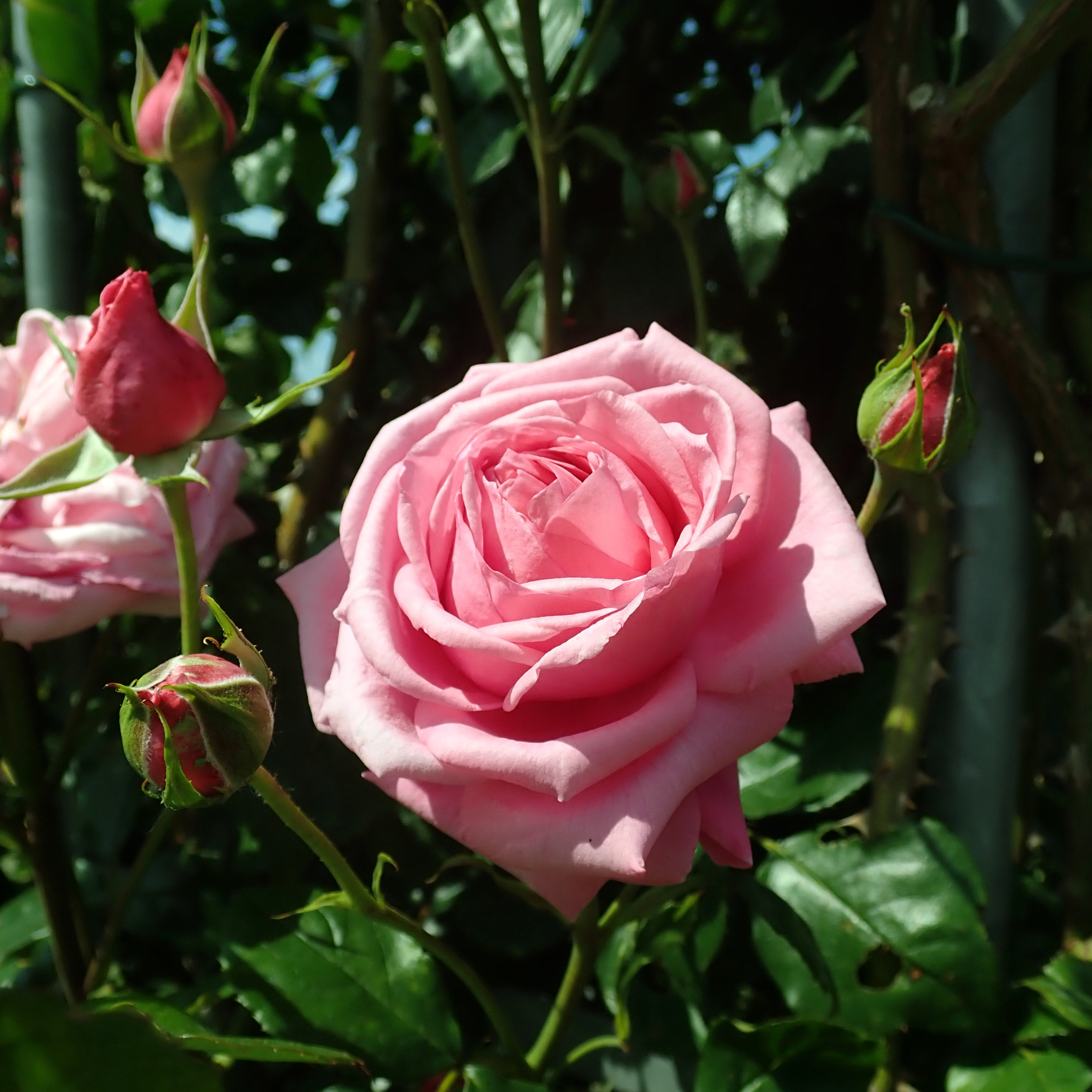
‘Rhonda’, Jack Lissemore, 1968
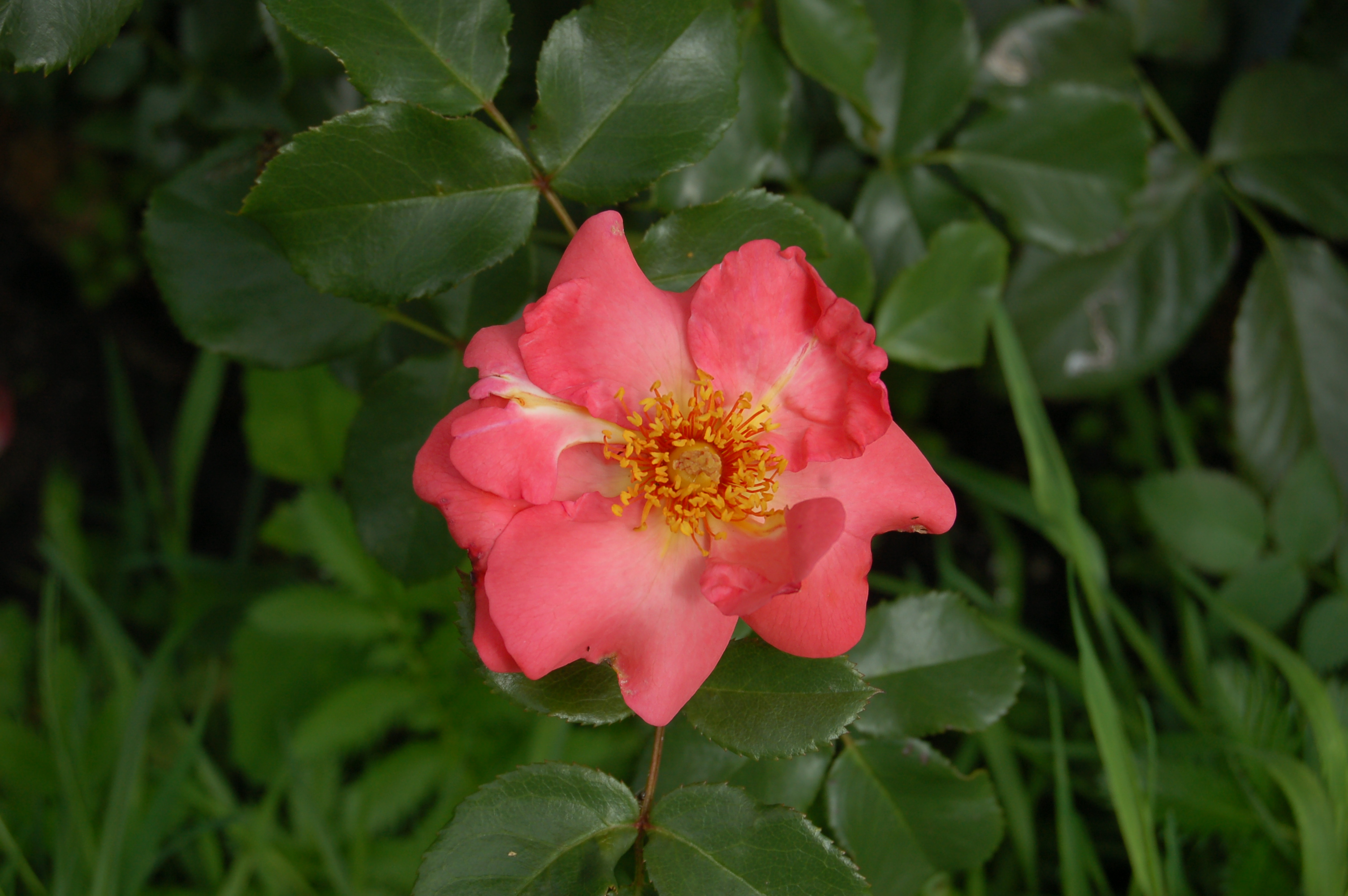
‘Ricarda’, Noack, 1989
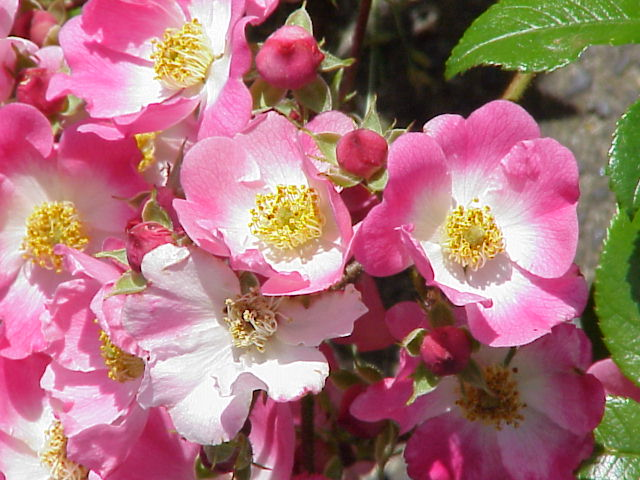
‘Richard Strauss’, Noack, 1989
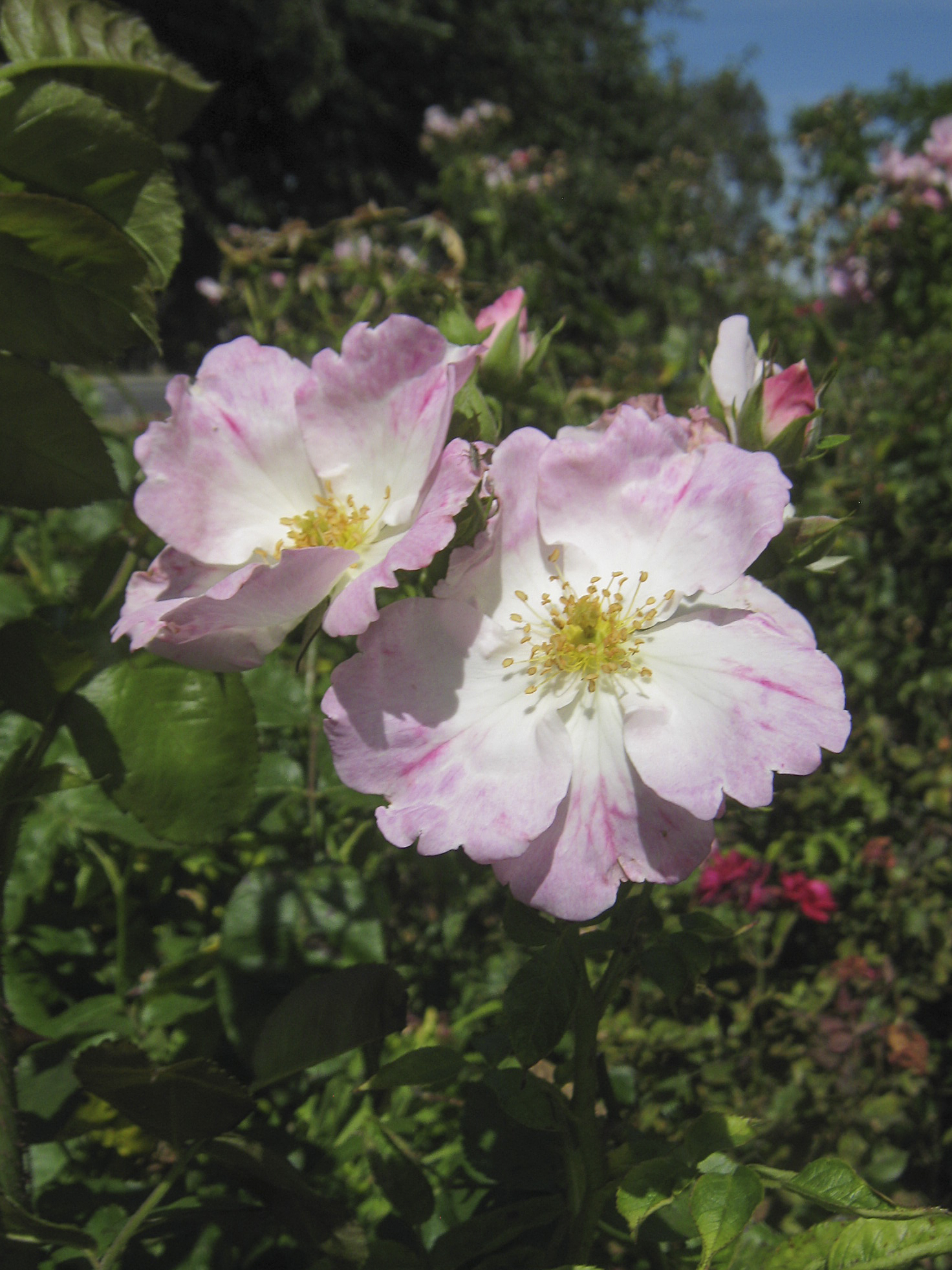
‘Ringlet’, Alister Clark, 1922
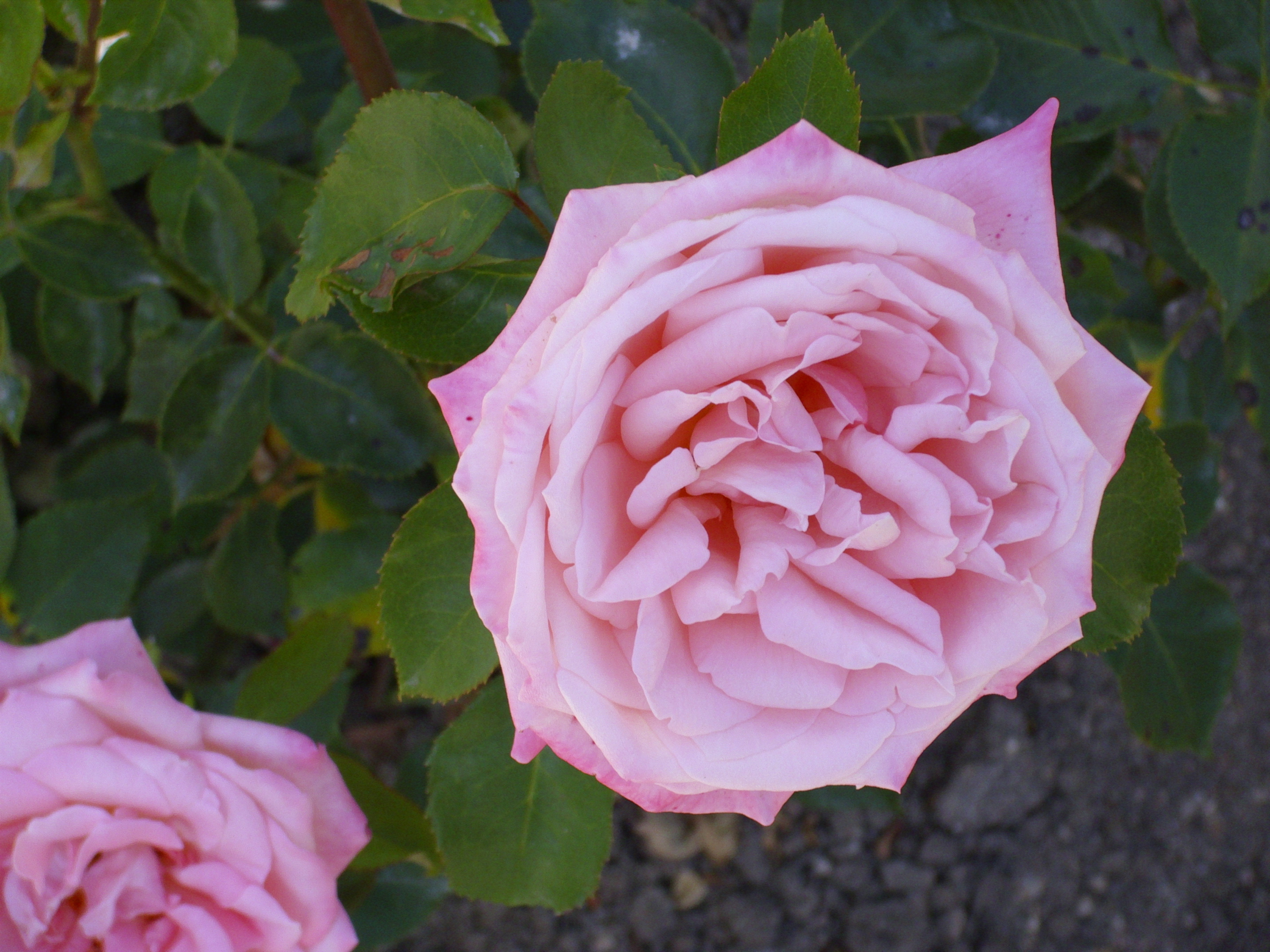
‘Risaralda’, Jordi Dot, 1970
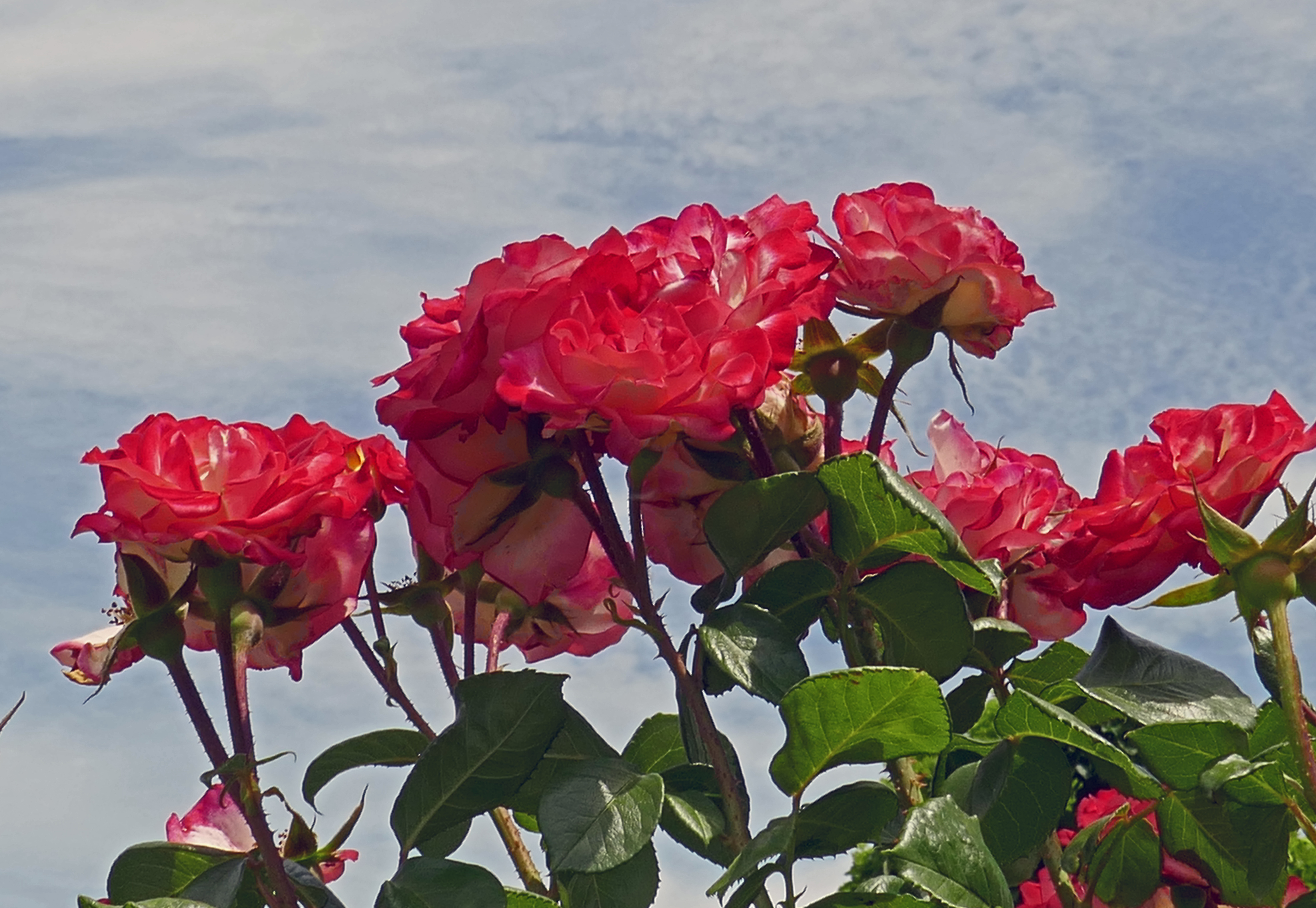
‘Rittertum’, McGredy, 1976
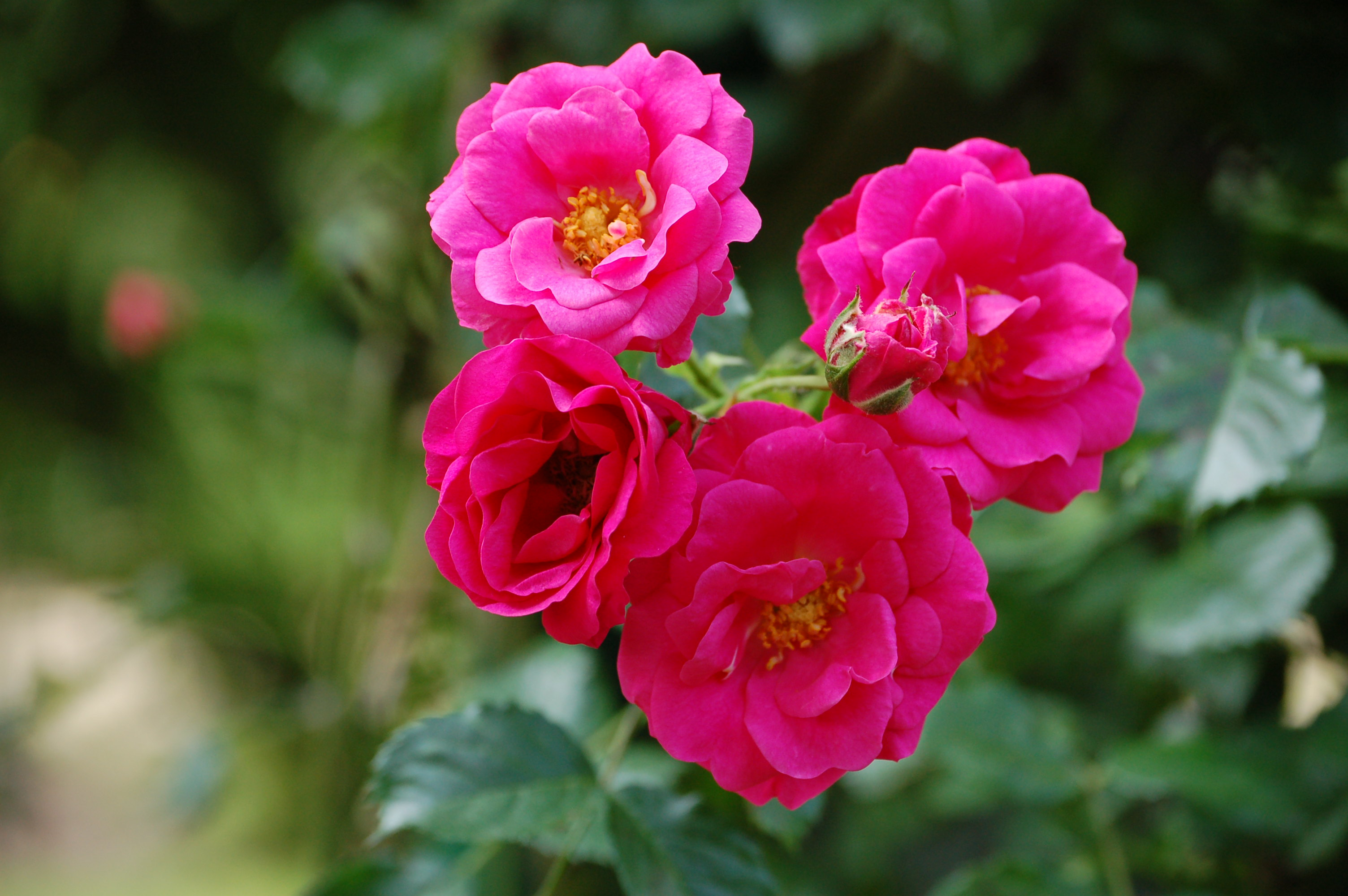
‘Ritter von Barmstede’, Kordes, 1959
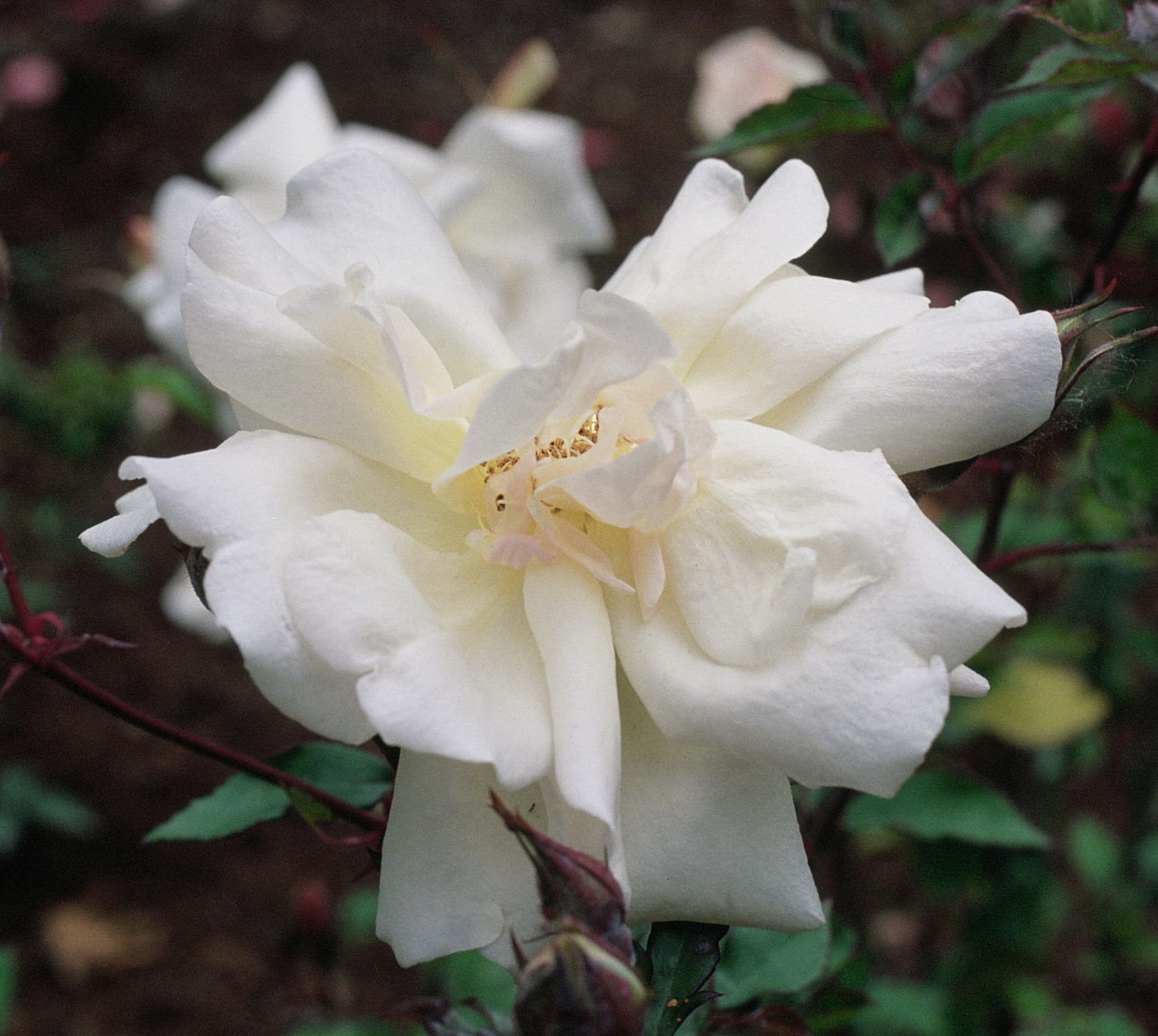
‘Rival de Paestum’, Jean Beluze, 1839
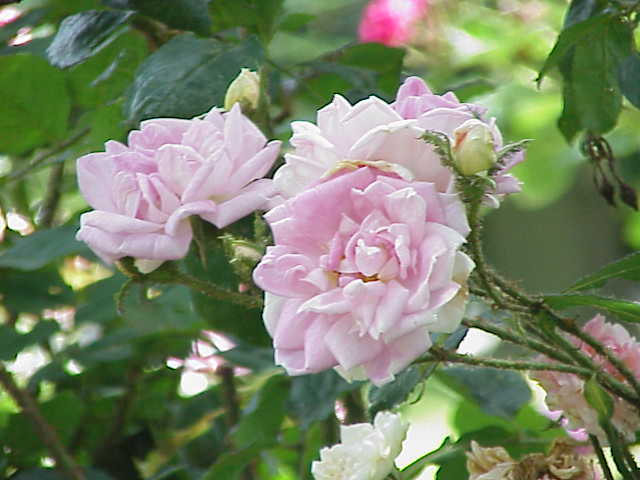
‘Robert Leopold’, Buatois, 1841
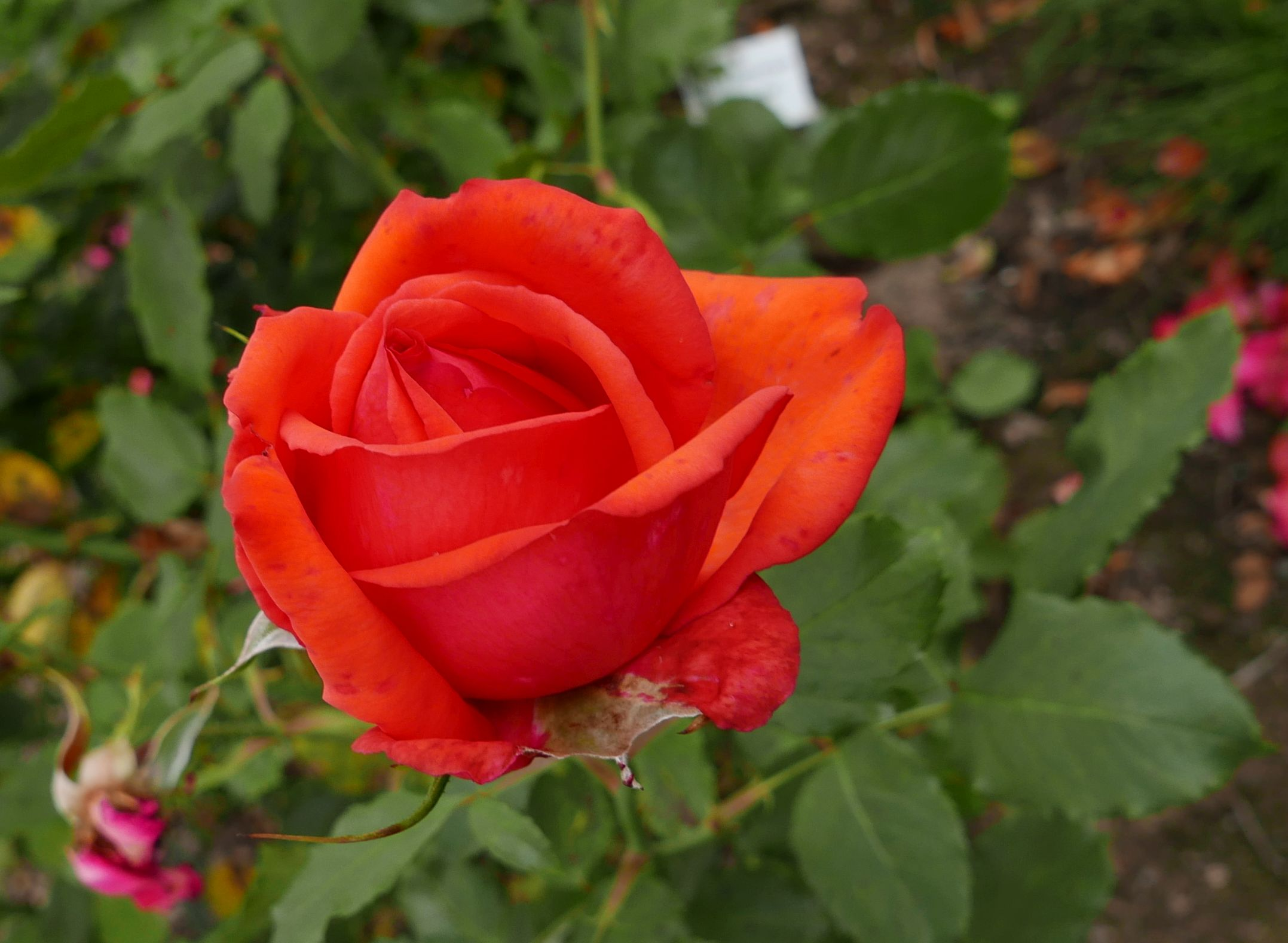
‘Robert Schumann’, Schmadlak, 2011
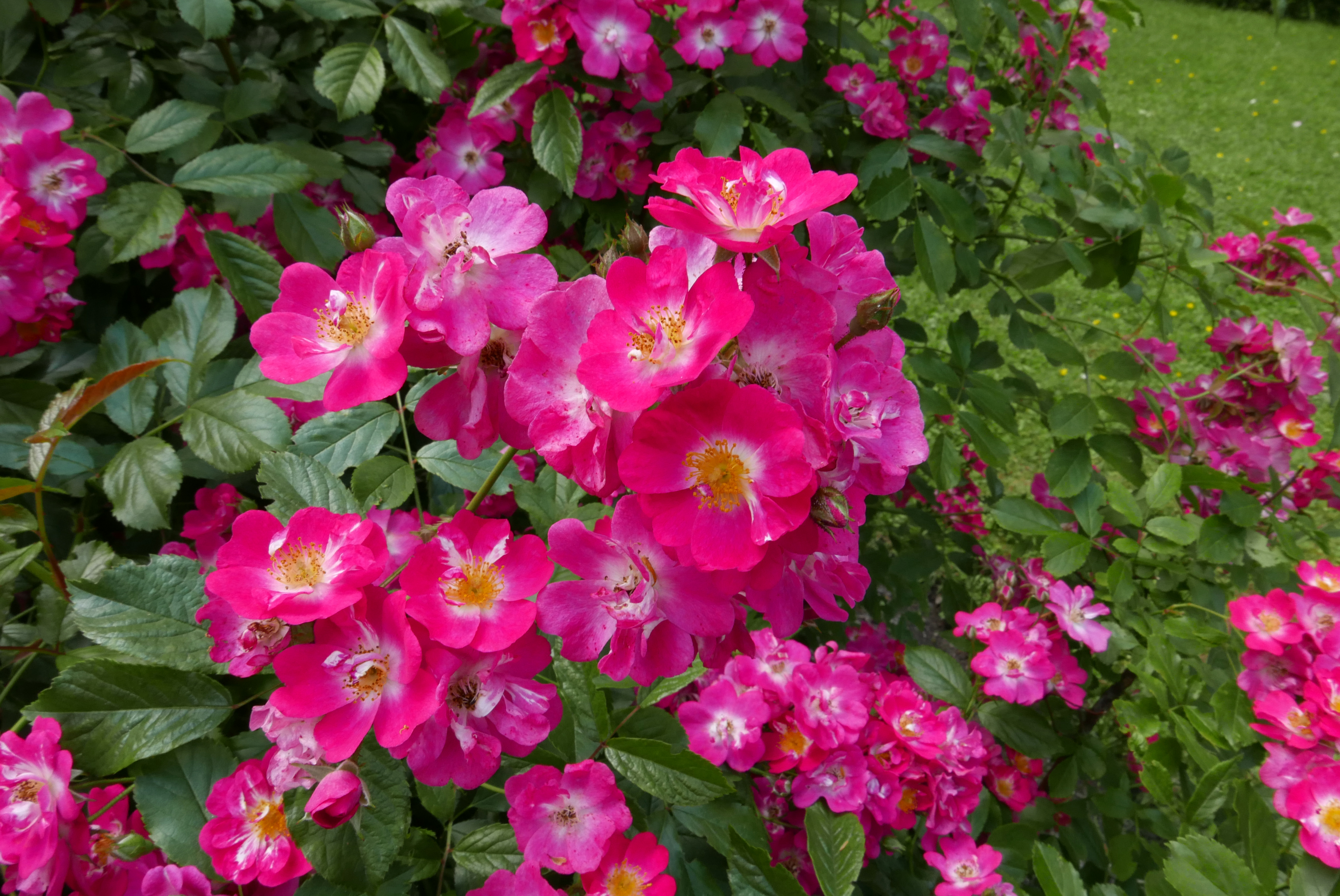
‘Robin Hood’, Pemberton, 1927
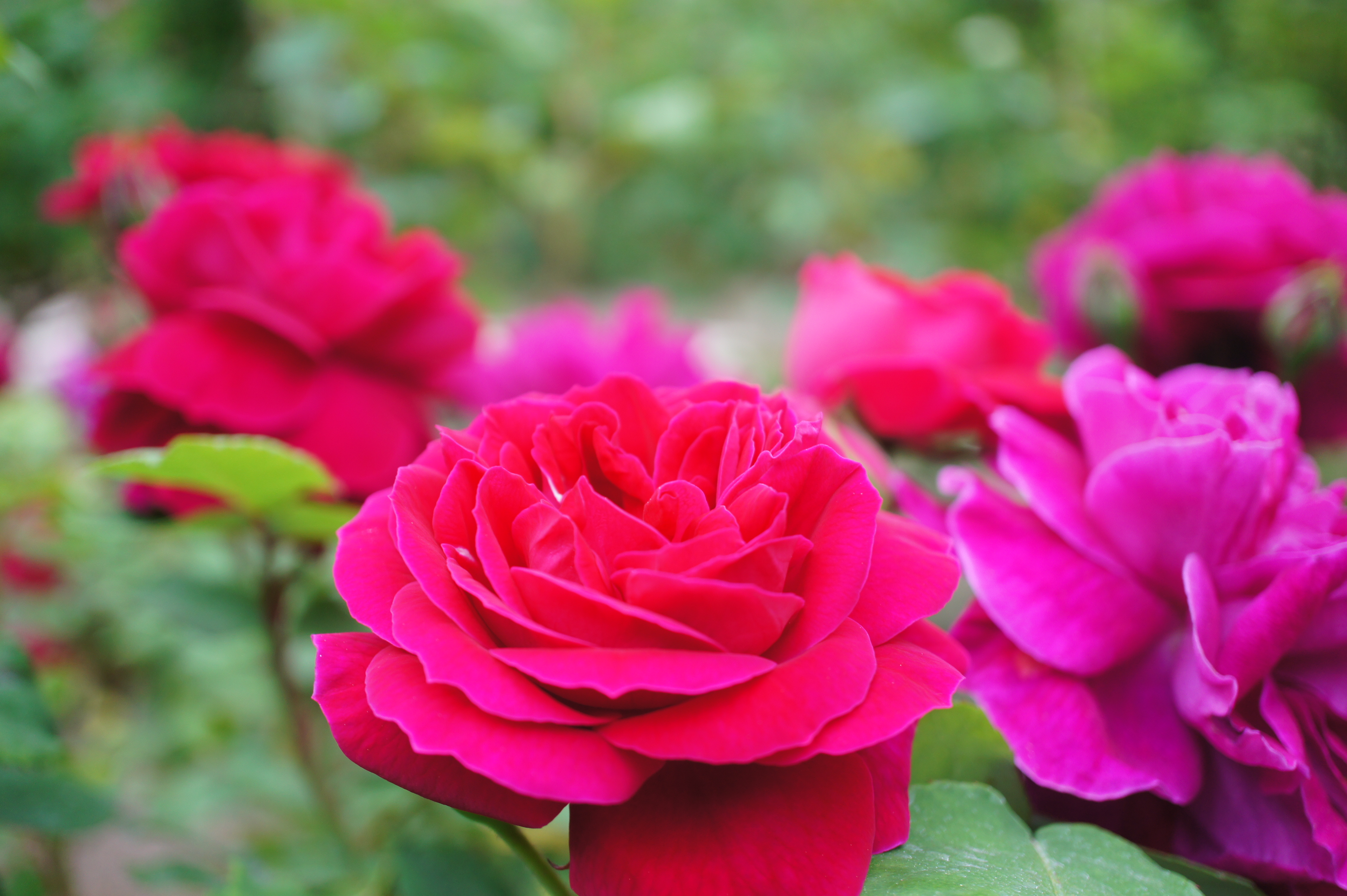
‘Robusta’, Soupert & Notting, 1877
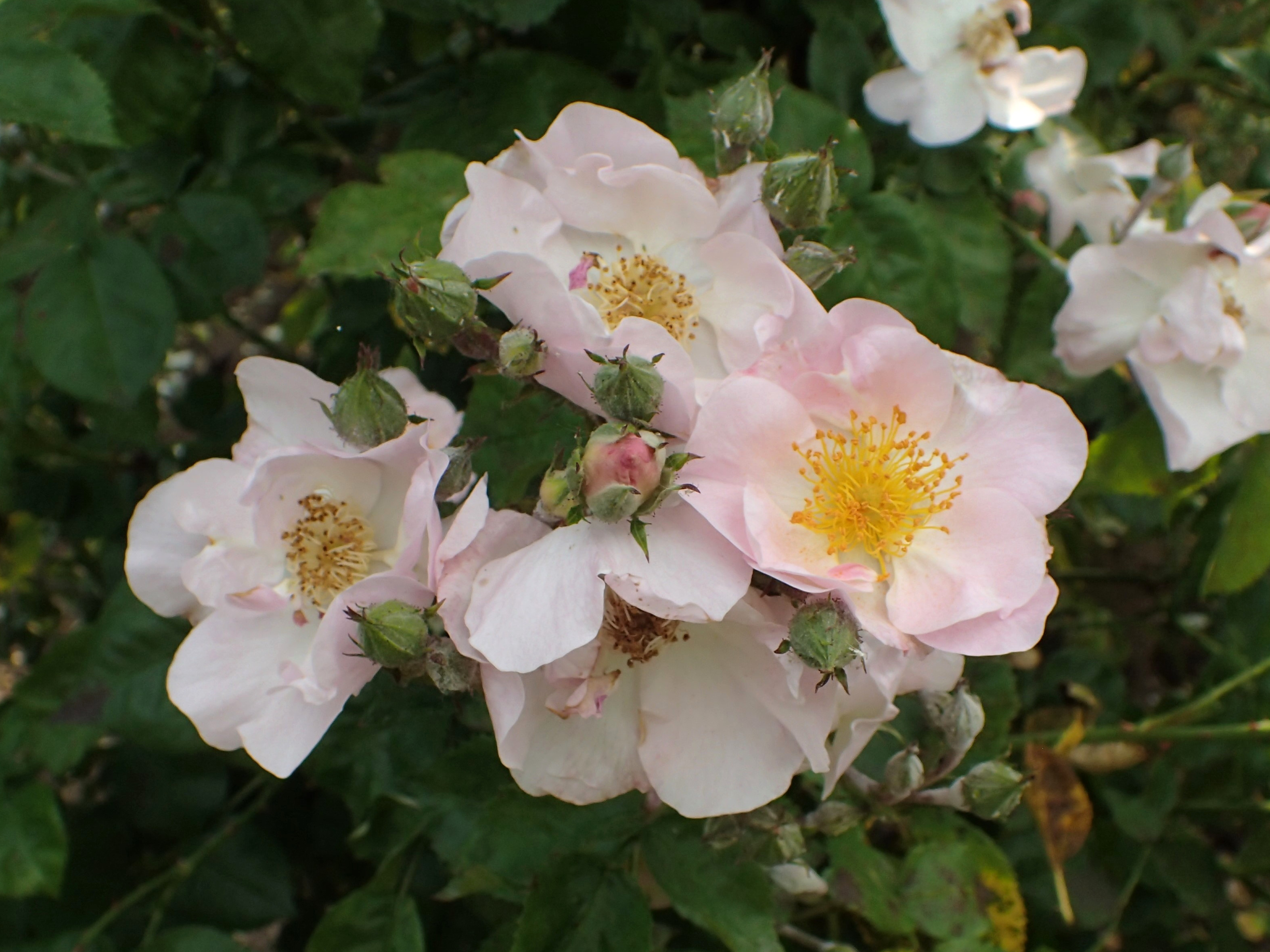
‘Roby’, Pierre Guillot, 1912
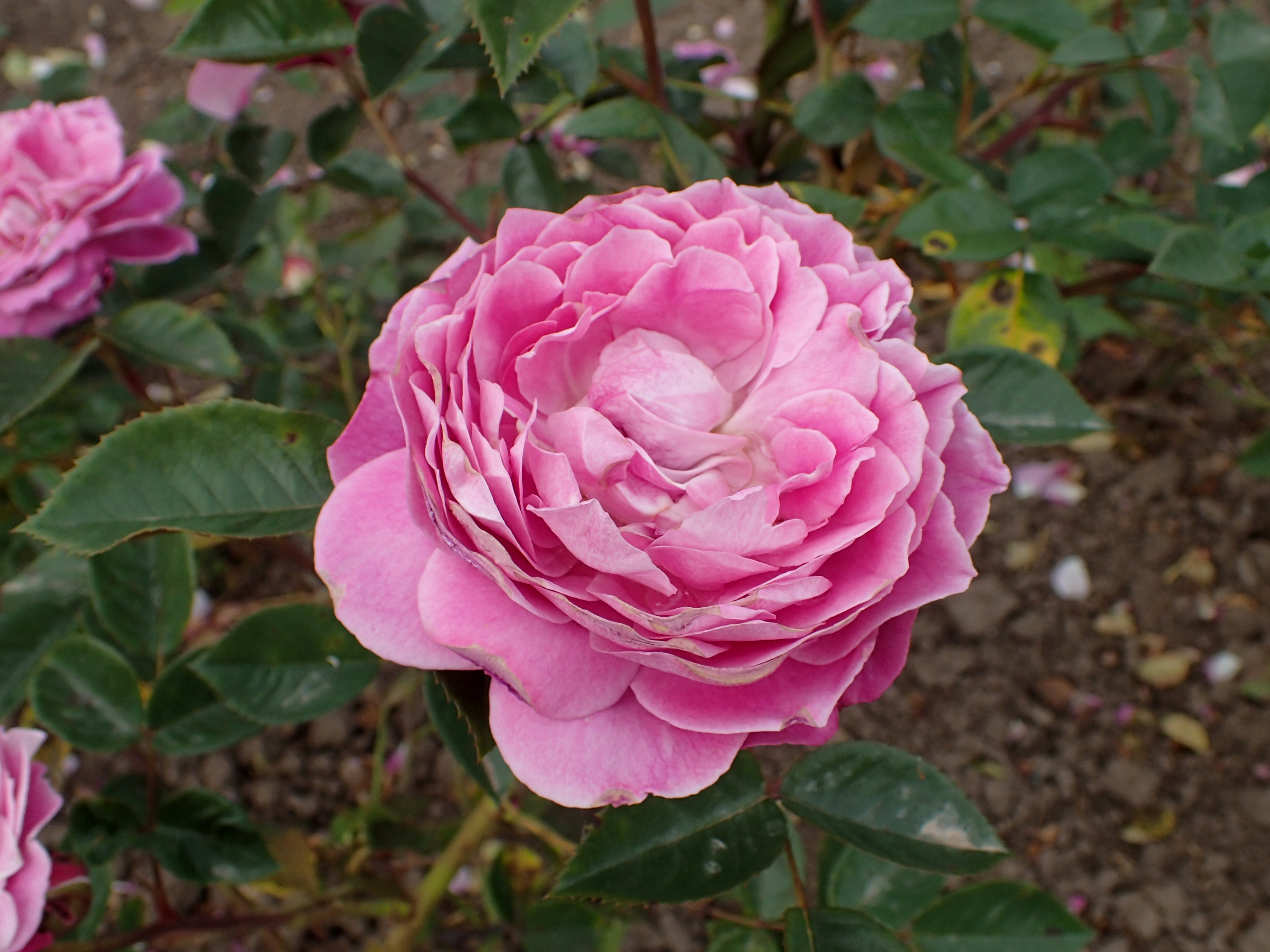
‘Rochester Cathedral’, Harkness, 1985
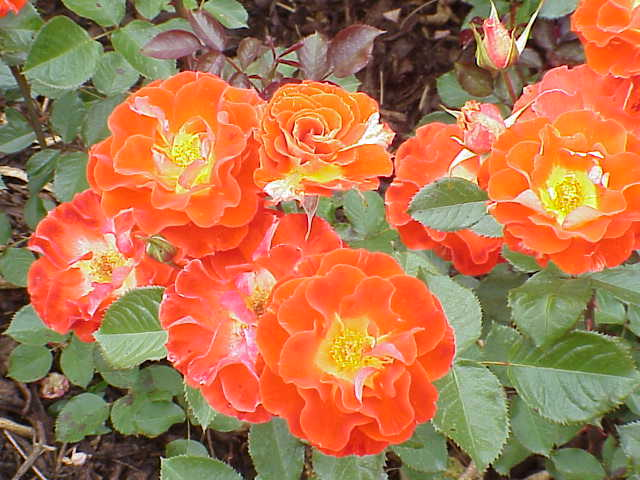
‘Rock’n’Roll’, McGredy, 1991
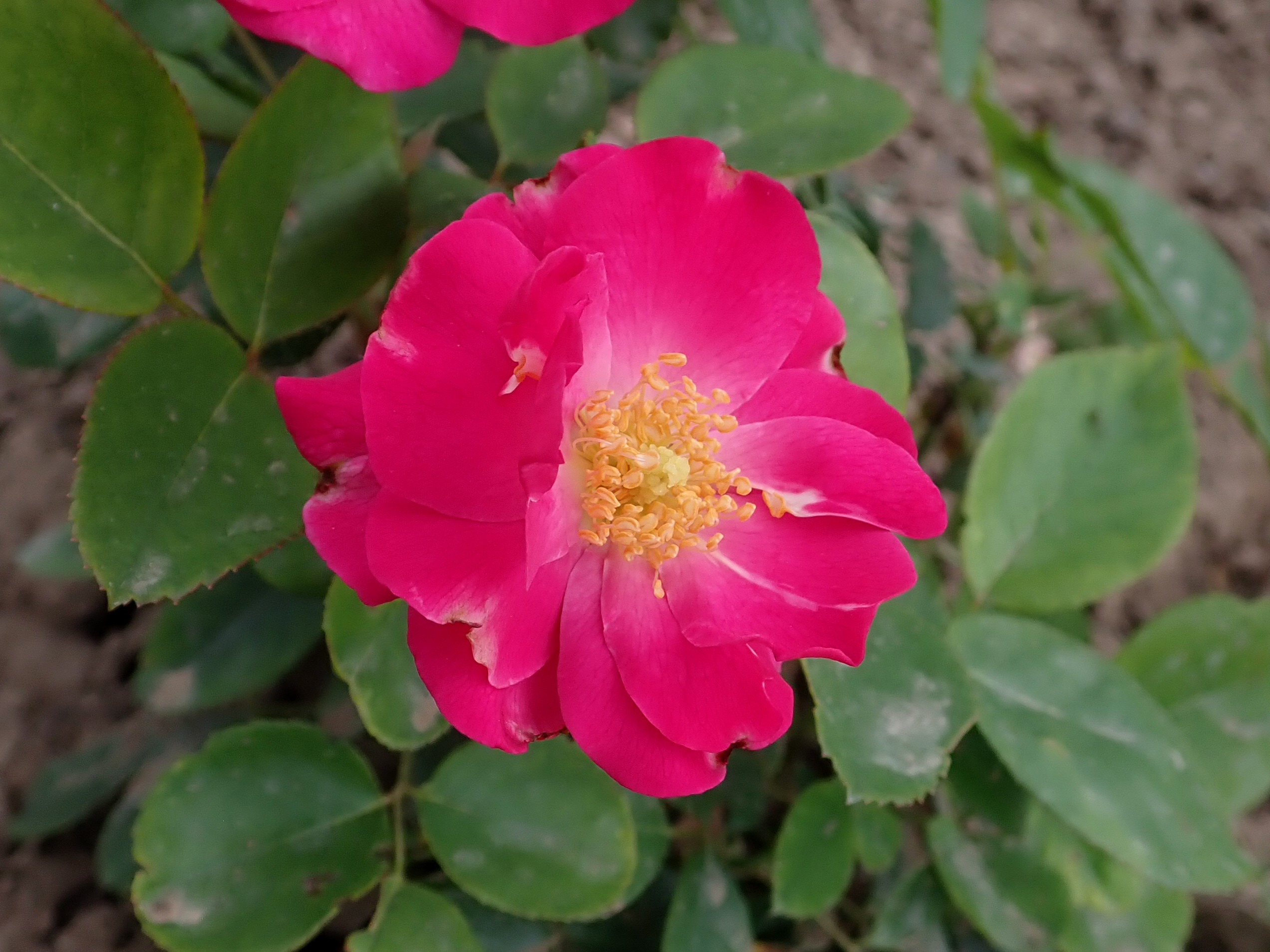
‘Rödhätte’, Dines Poulsen, 1912
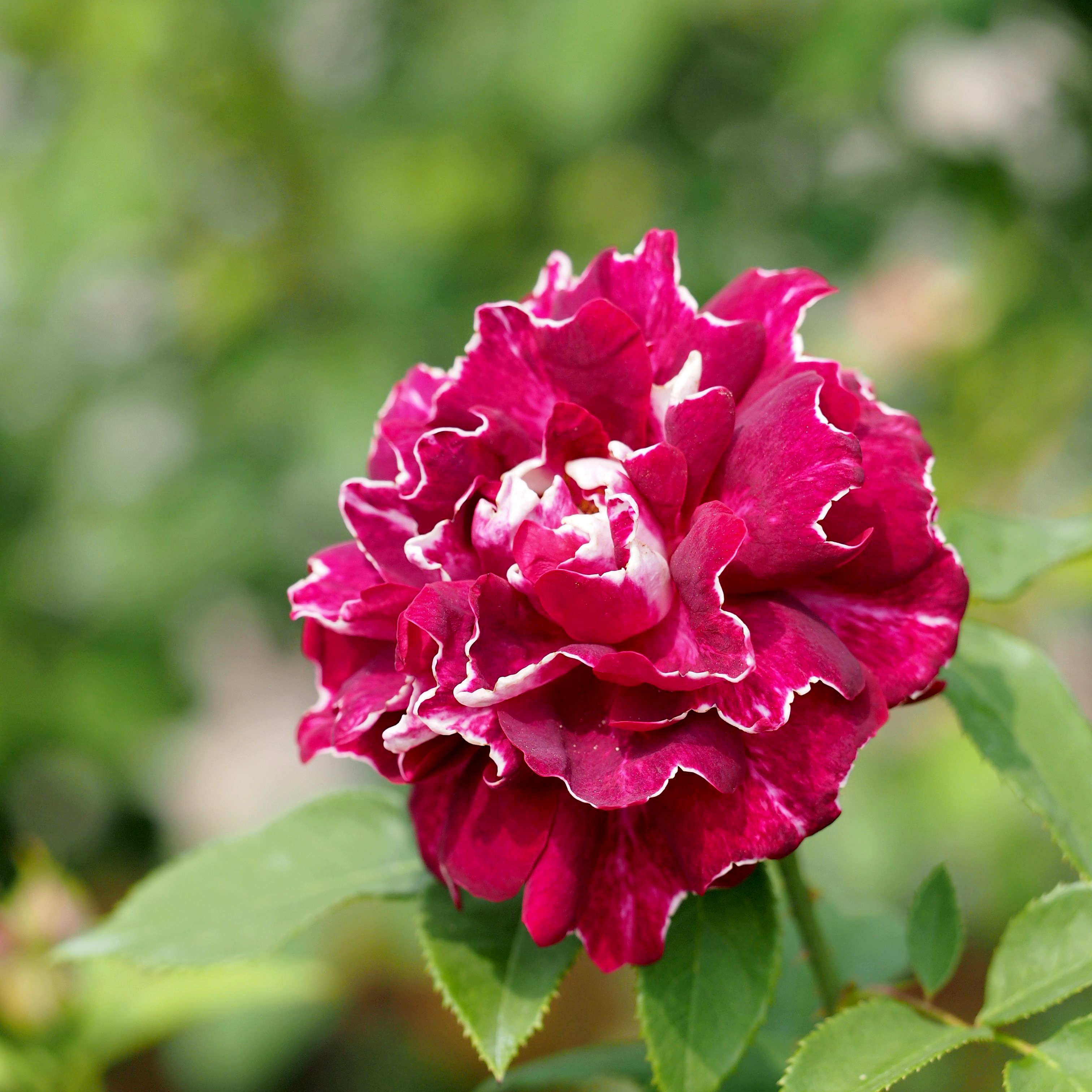
‘Roger Lambelin’, Marie-Louise Schwartz, 1890
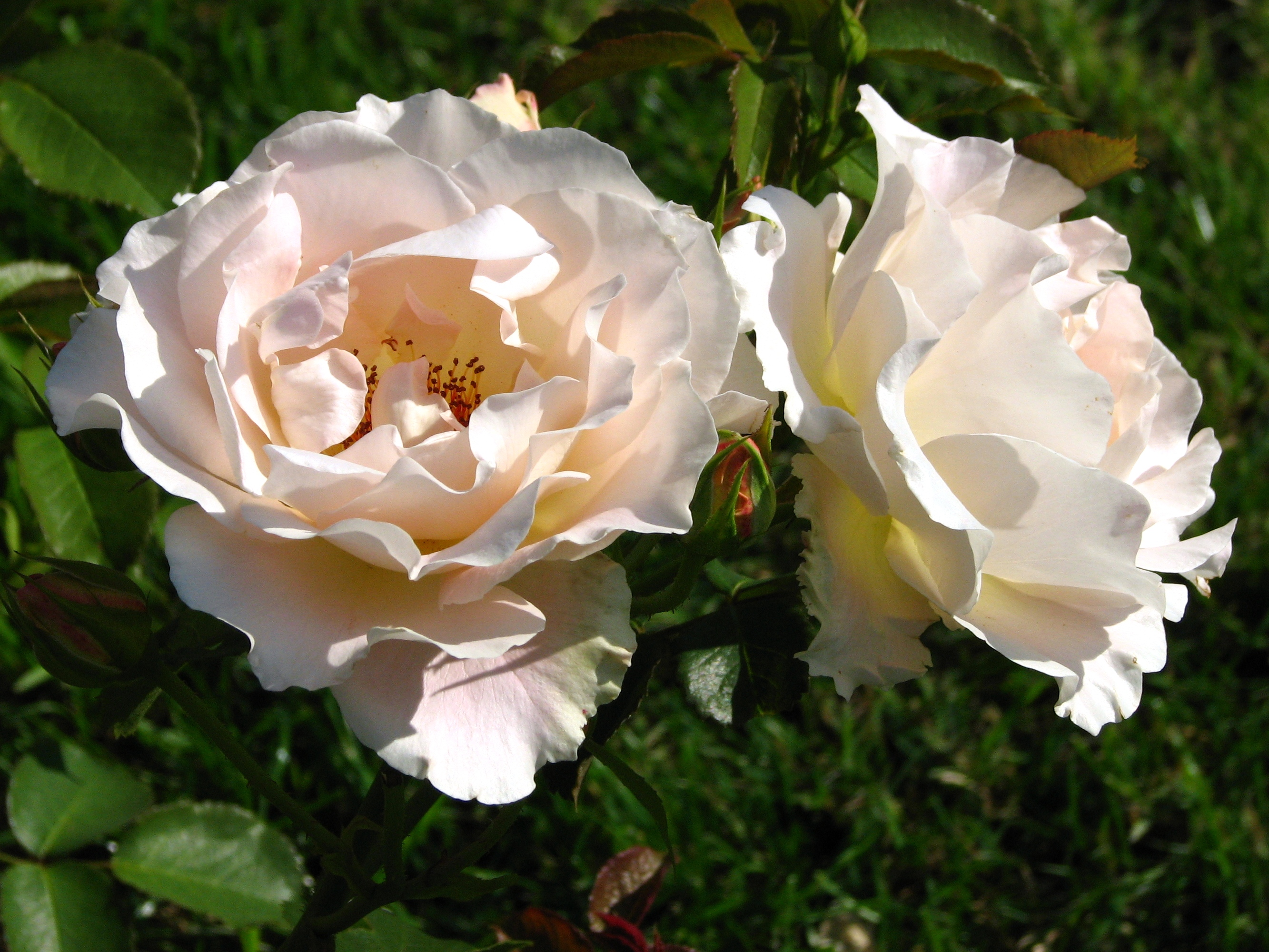
‘Rokoko’, Tantau, 1987
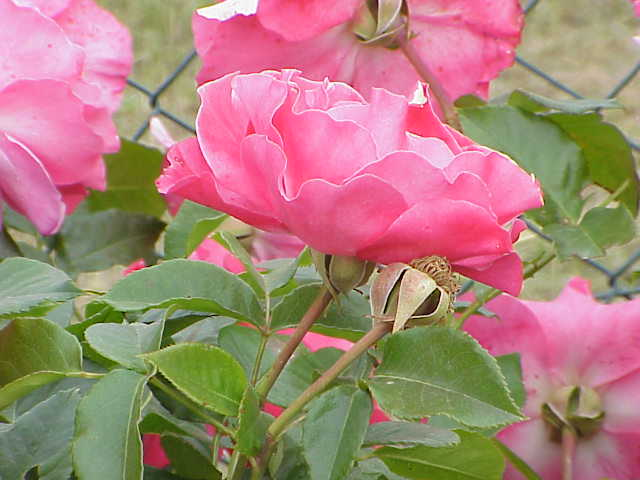
‘Romanze’, Evers/Tantau, 1984
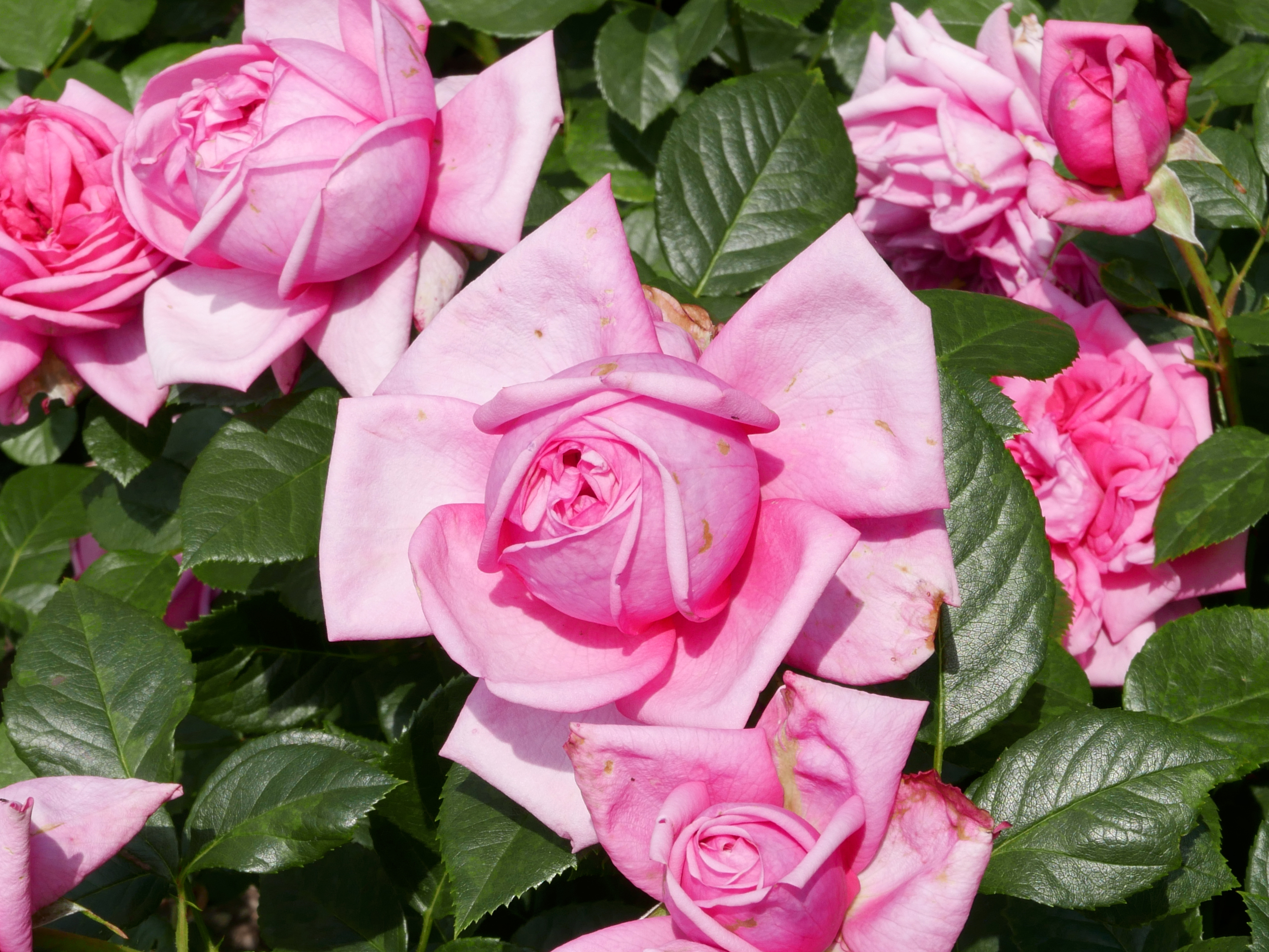
‘Romina’, Tantau, 2015
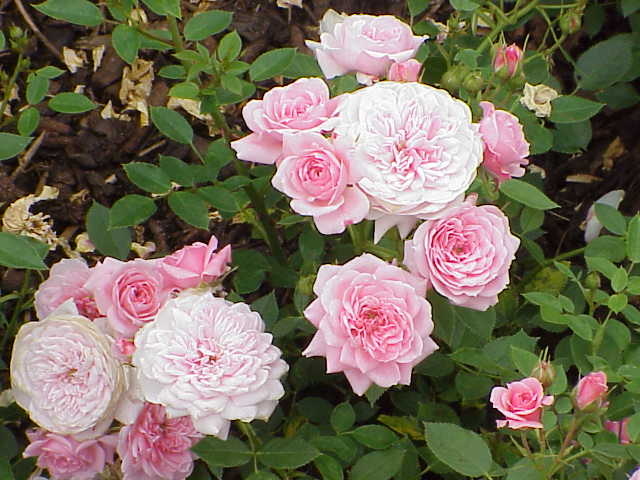
‘Rosabell’, Cocker, 1986
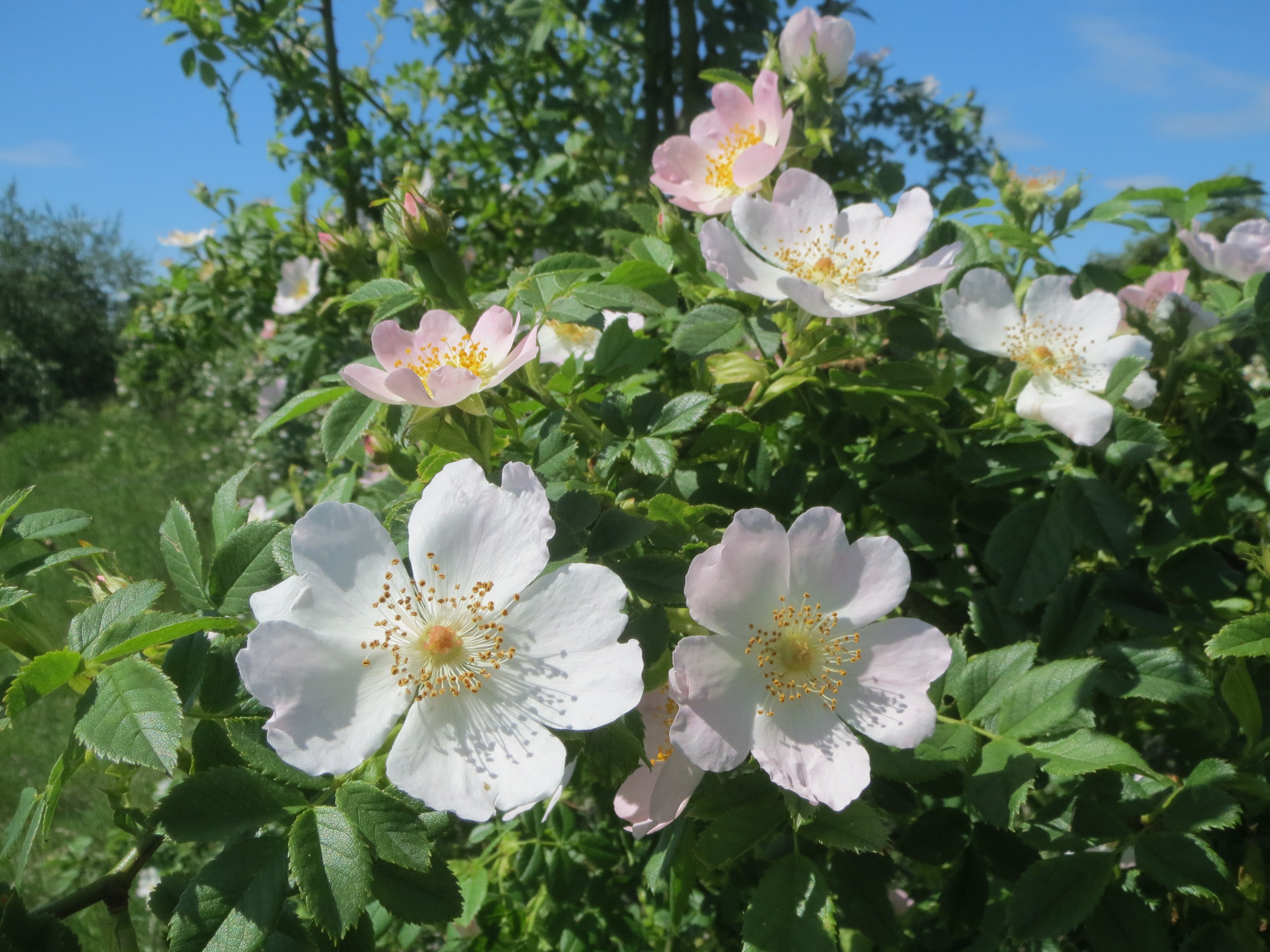
‘Rosa canina’ (oder ‘Hundsrose’), Wildrose
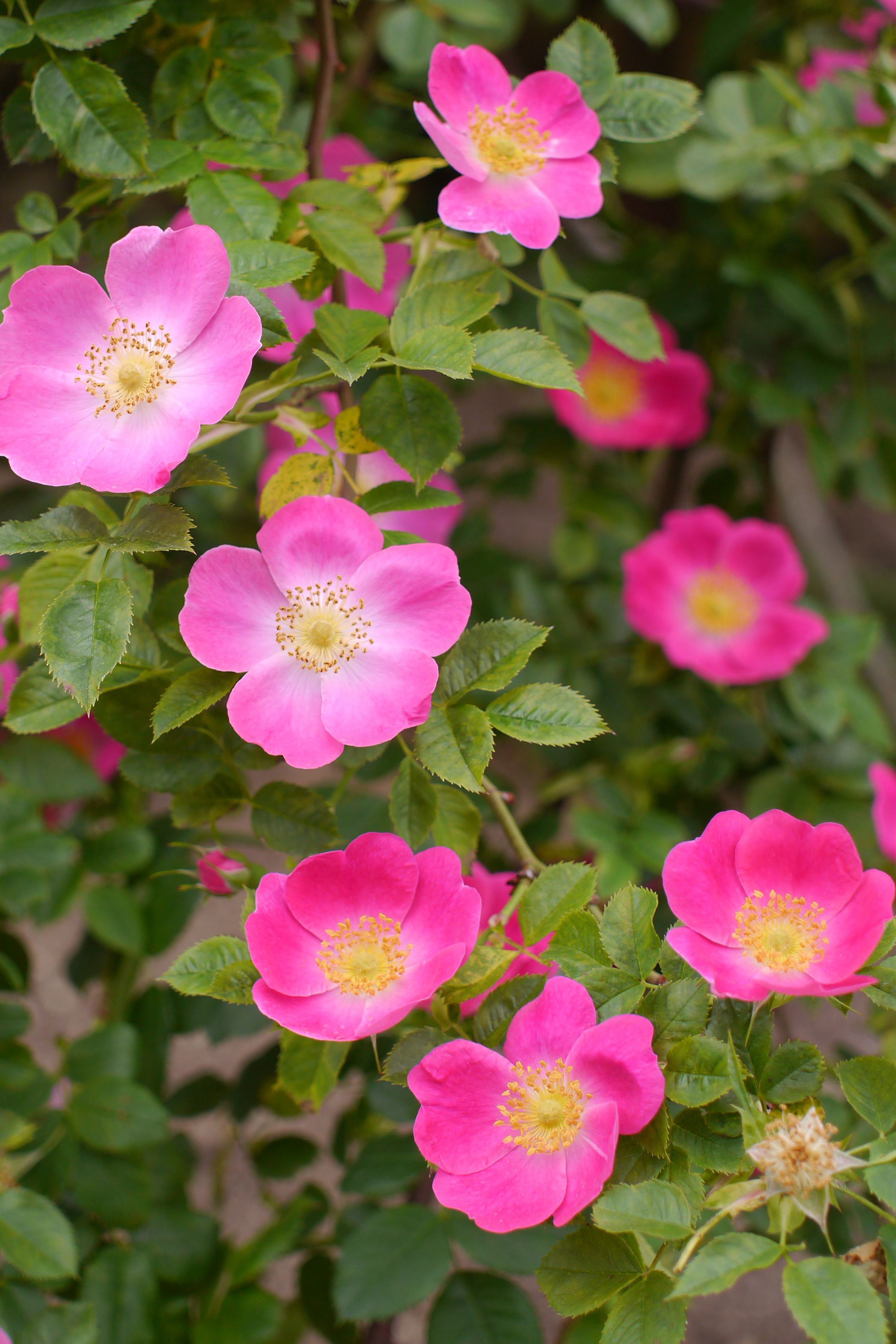
‘Rosa canina’, Kiese, 1919
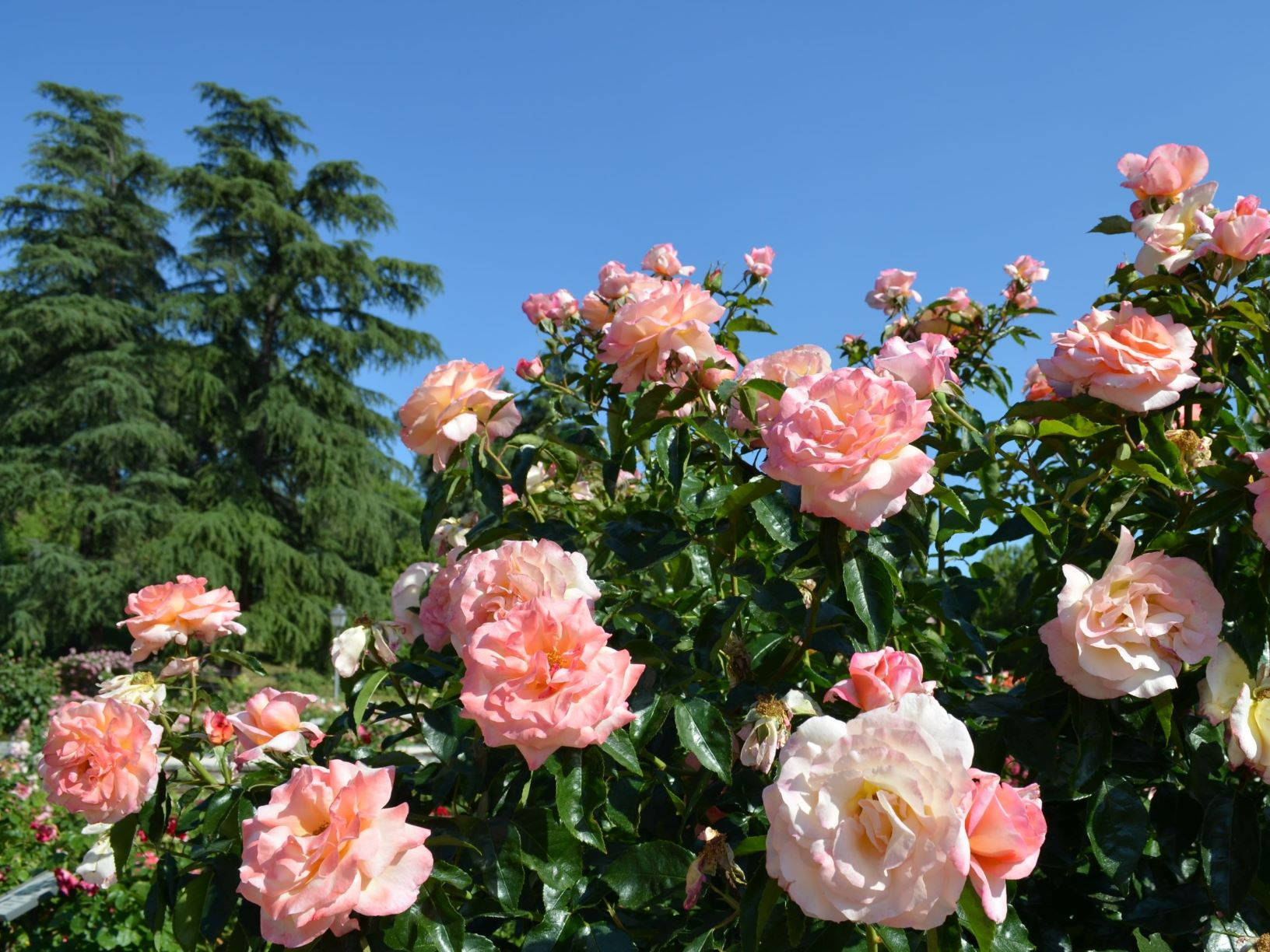
‘Rosa del Camino de Santiago’, Michel Adam, 2012
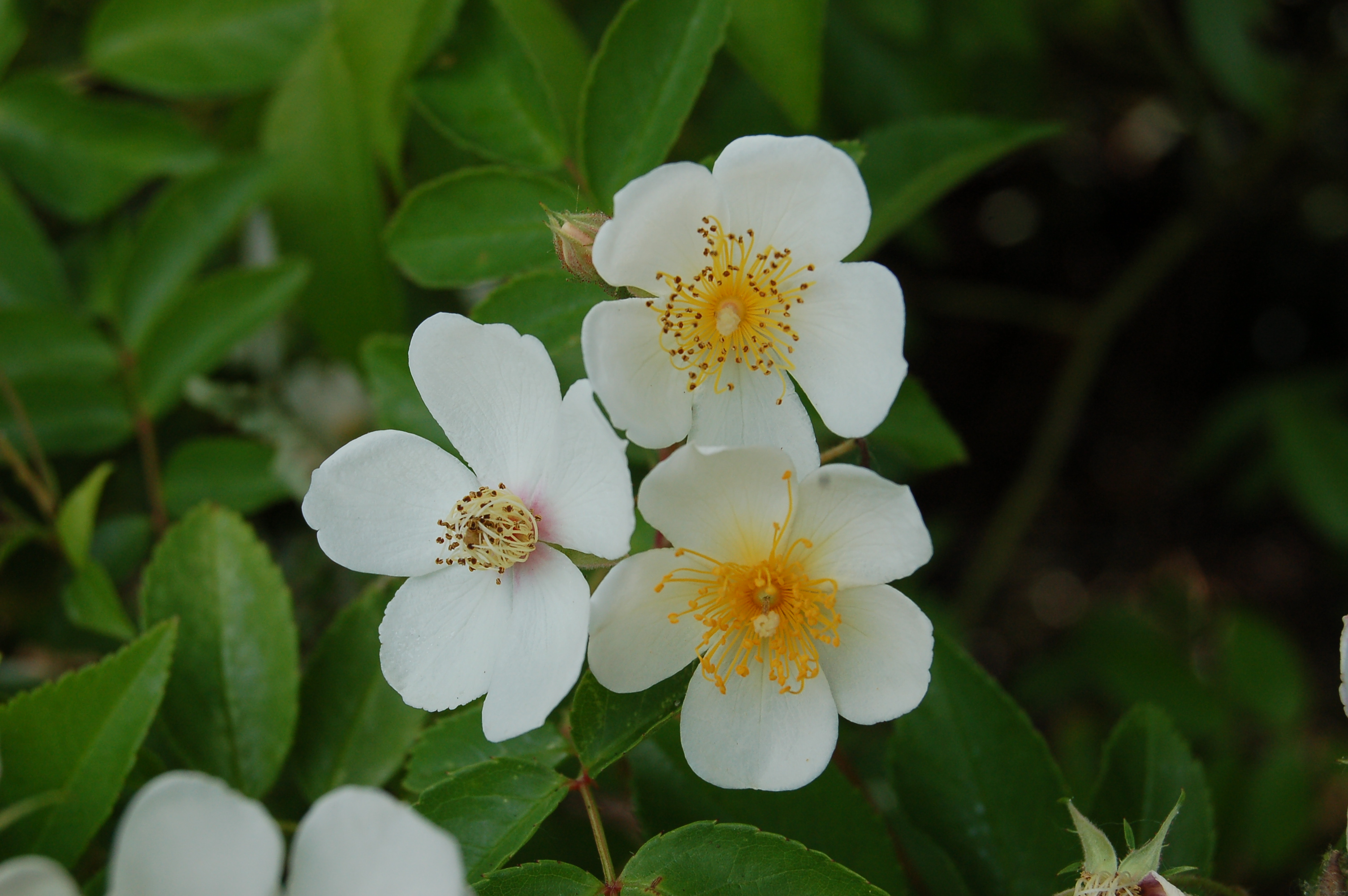
‘Rosa filipes’, China, 1908
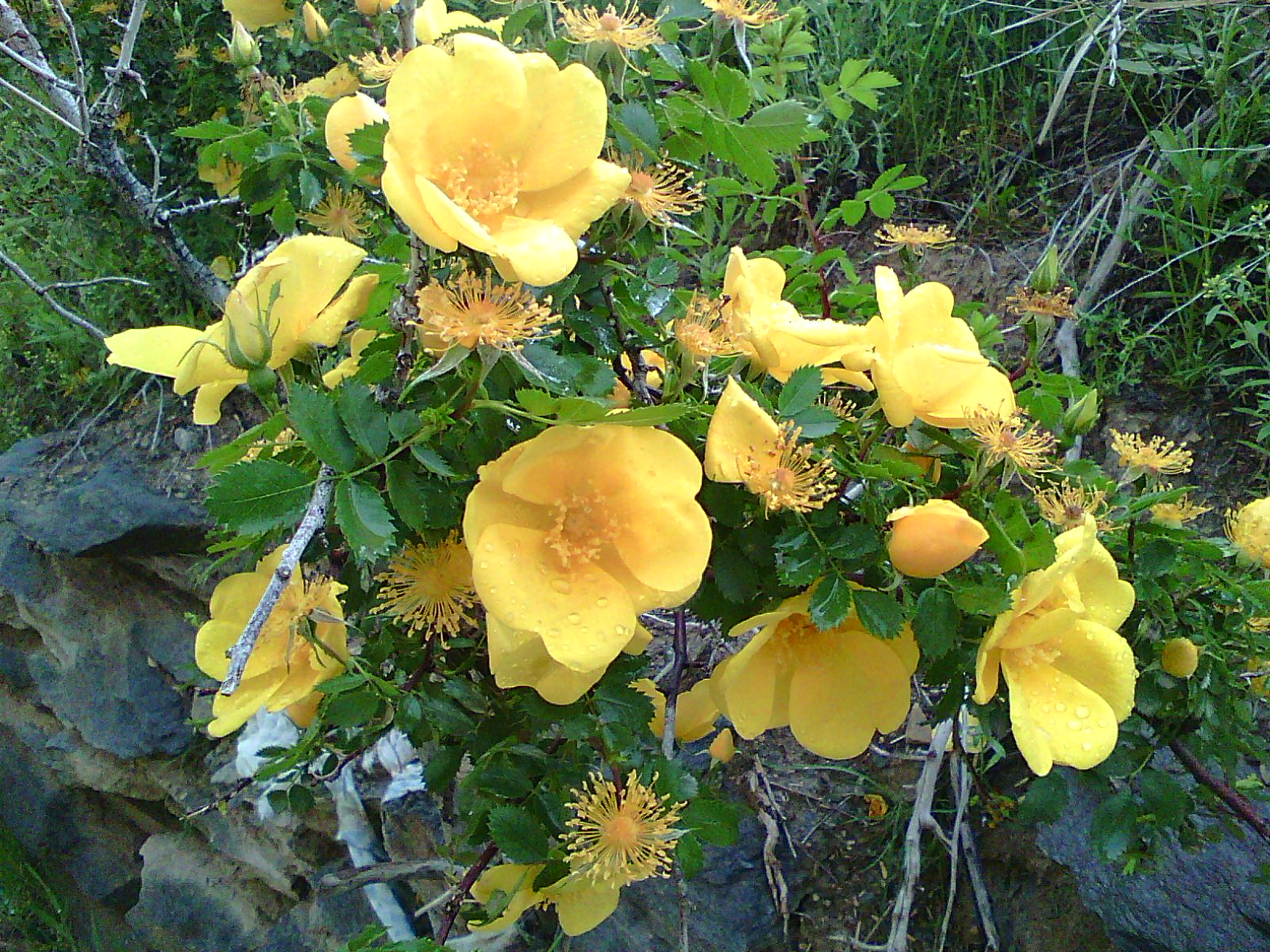
‘Rosa foetida’, Wildrose
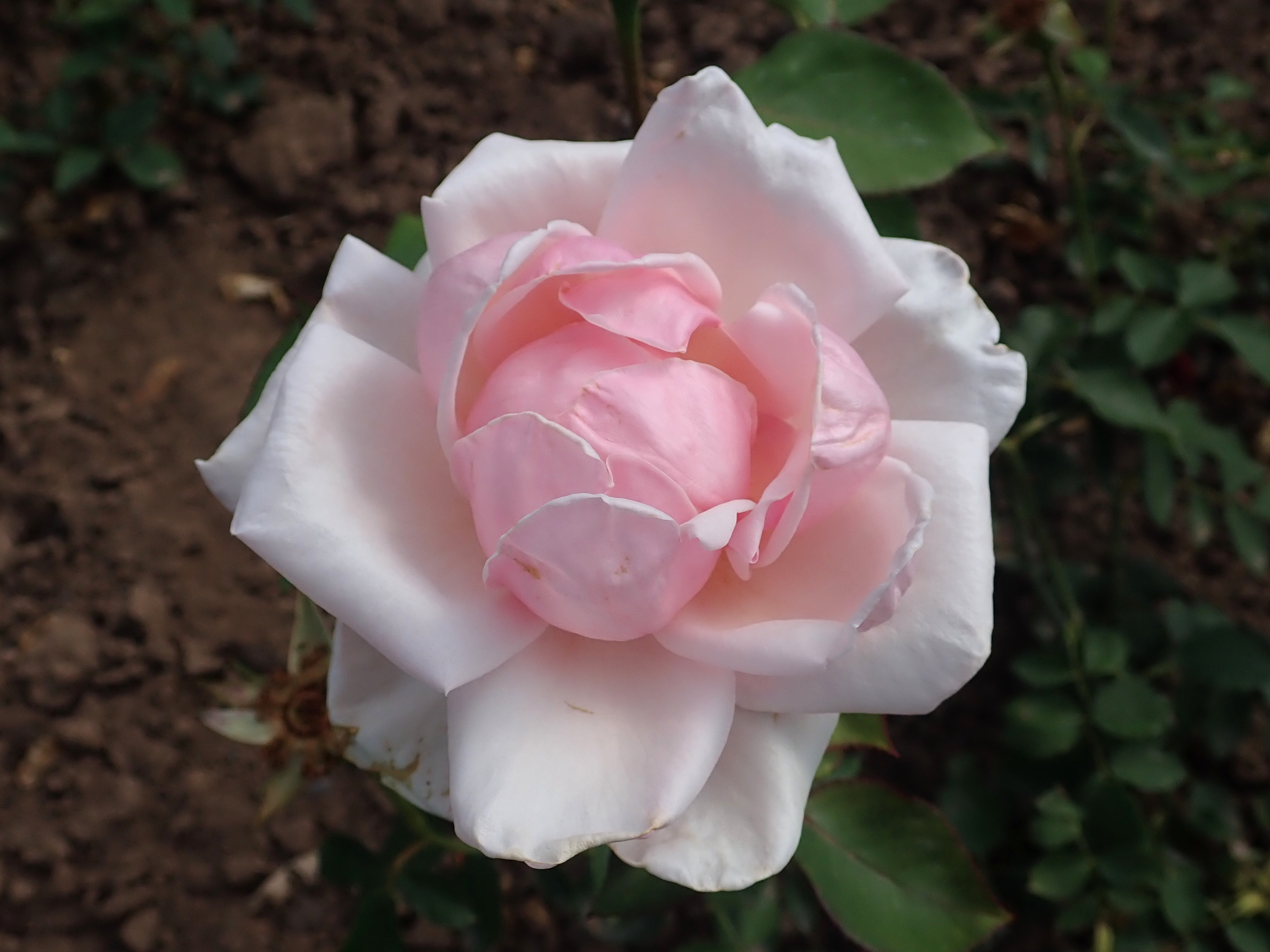
‘Rosa Gallart’, Pedro Dot, 1935
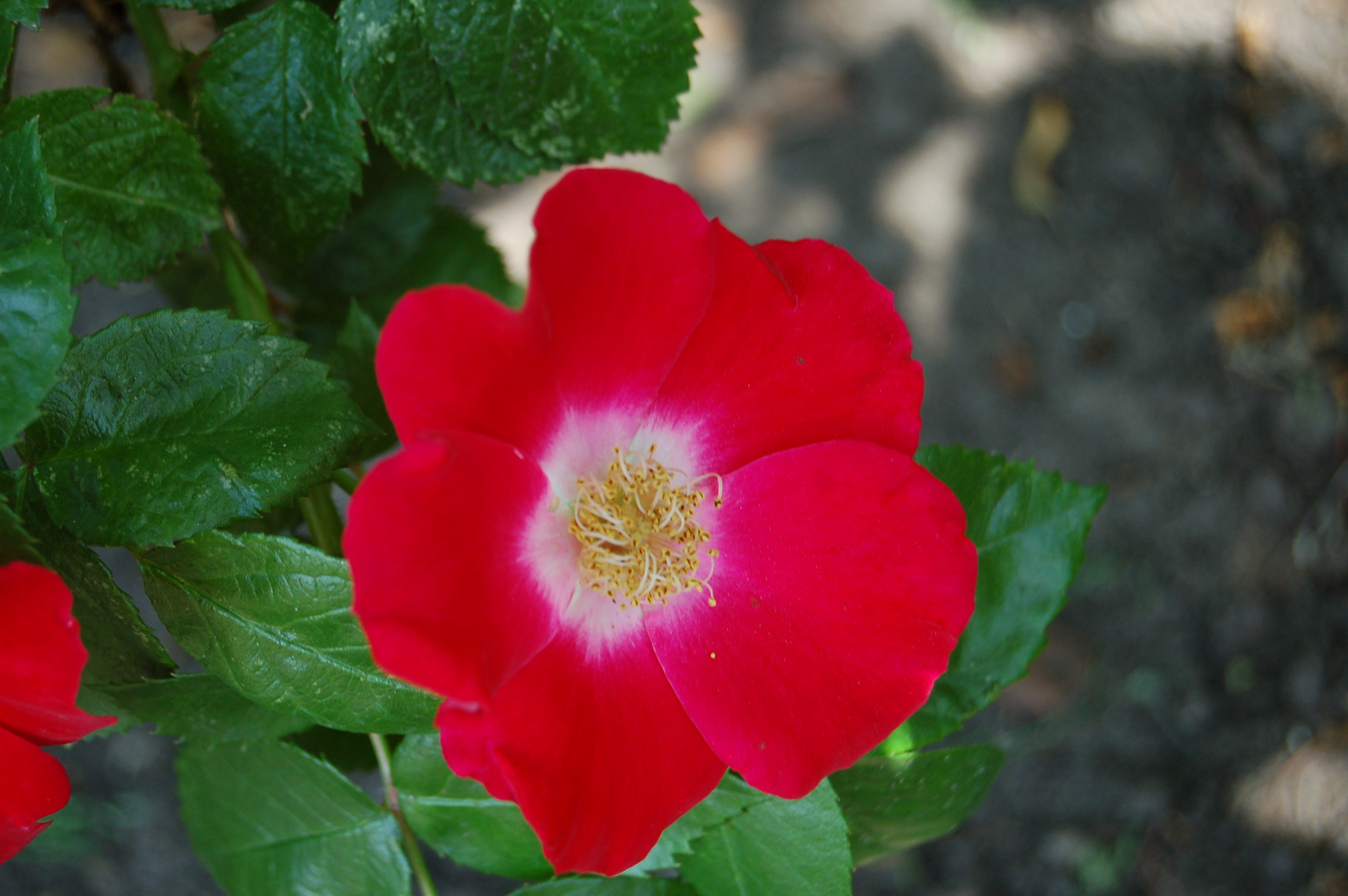
‘Rosa giraldii’, Crepin, 1897
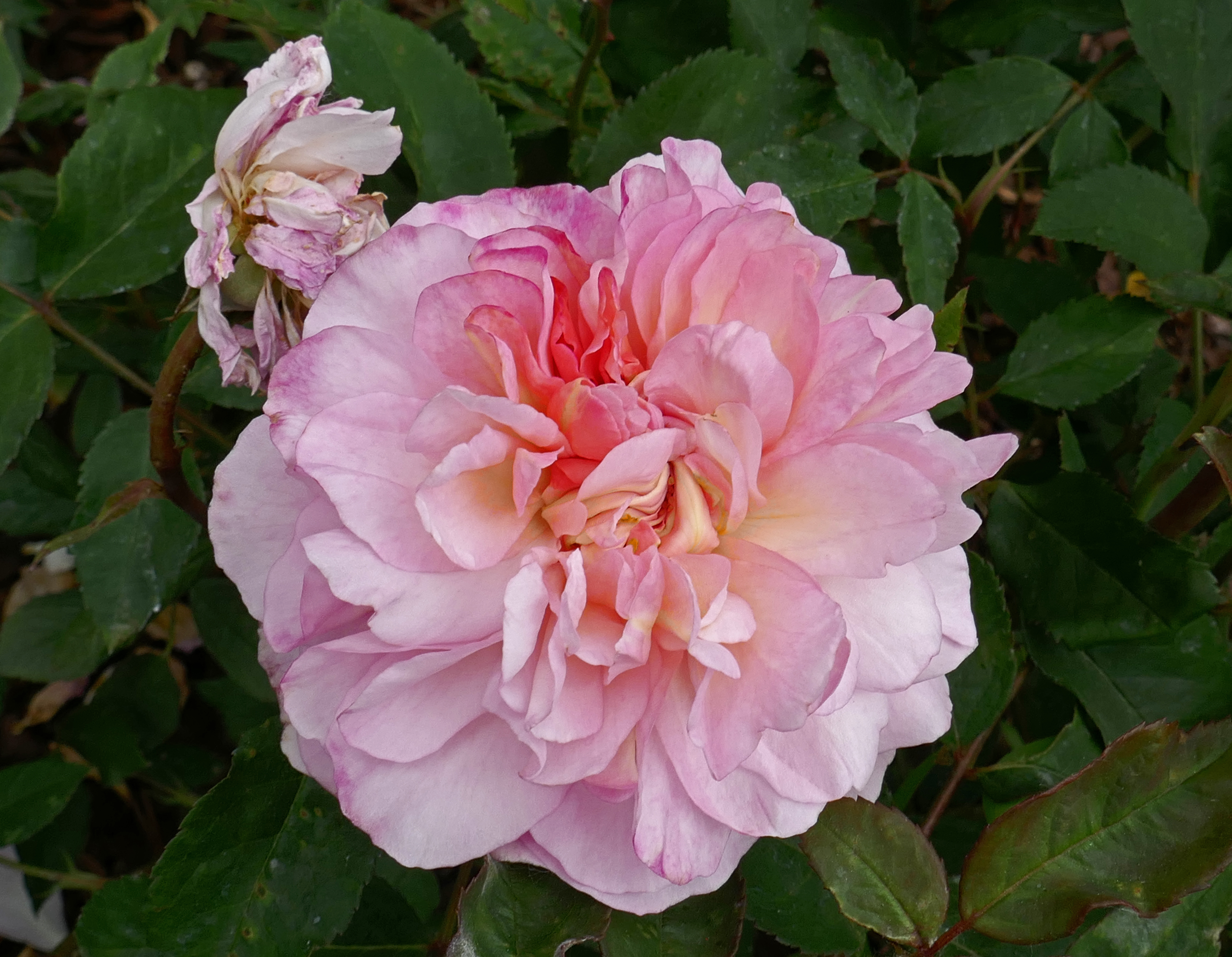
‘Rosa Gruss an Aachen’, Spek, 1930
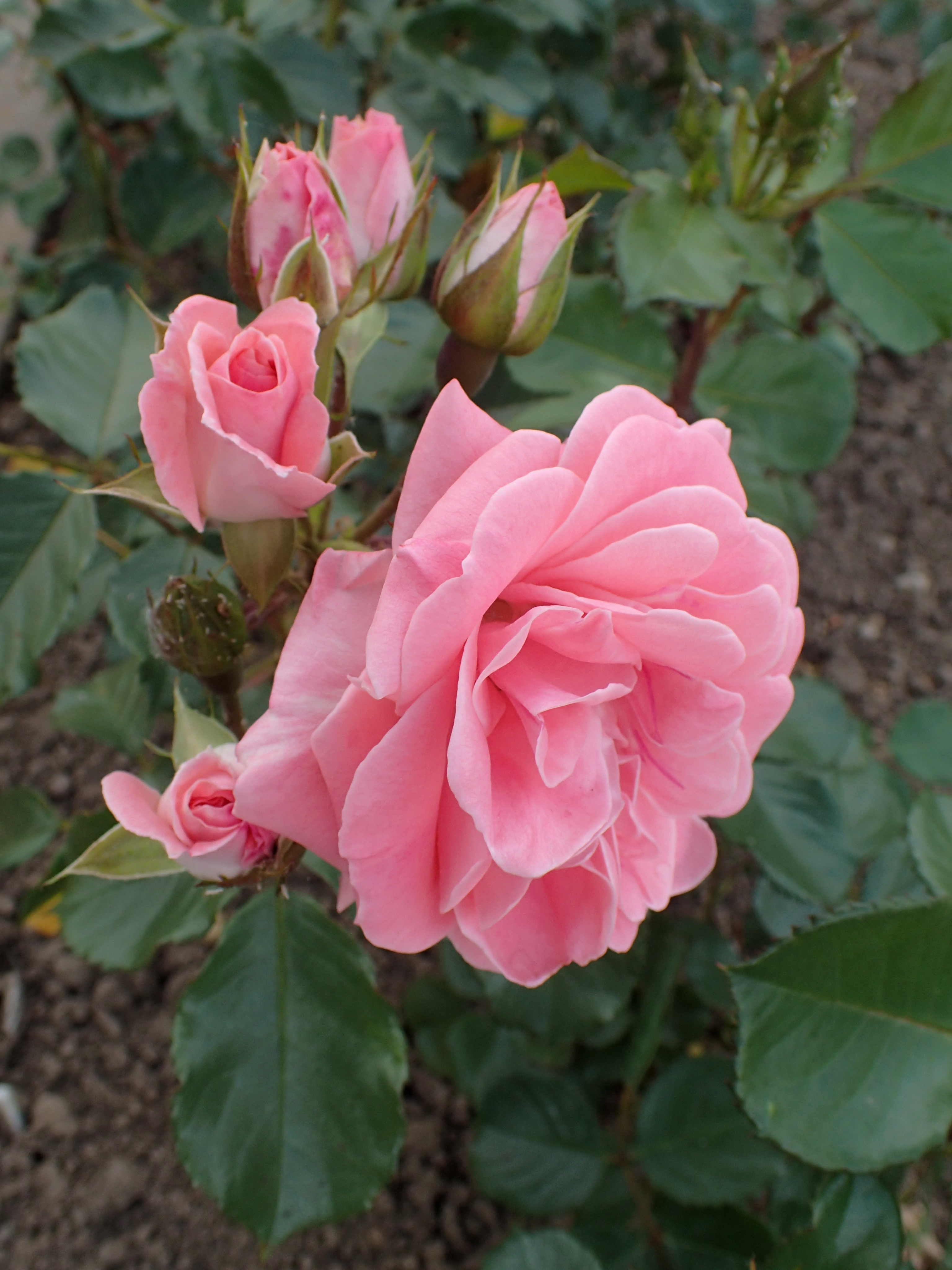
‘Rosali’, Tantau, 1983
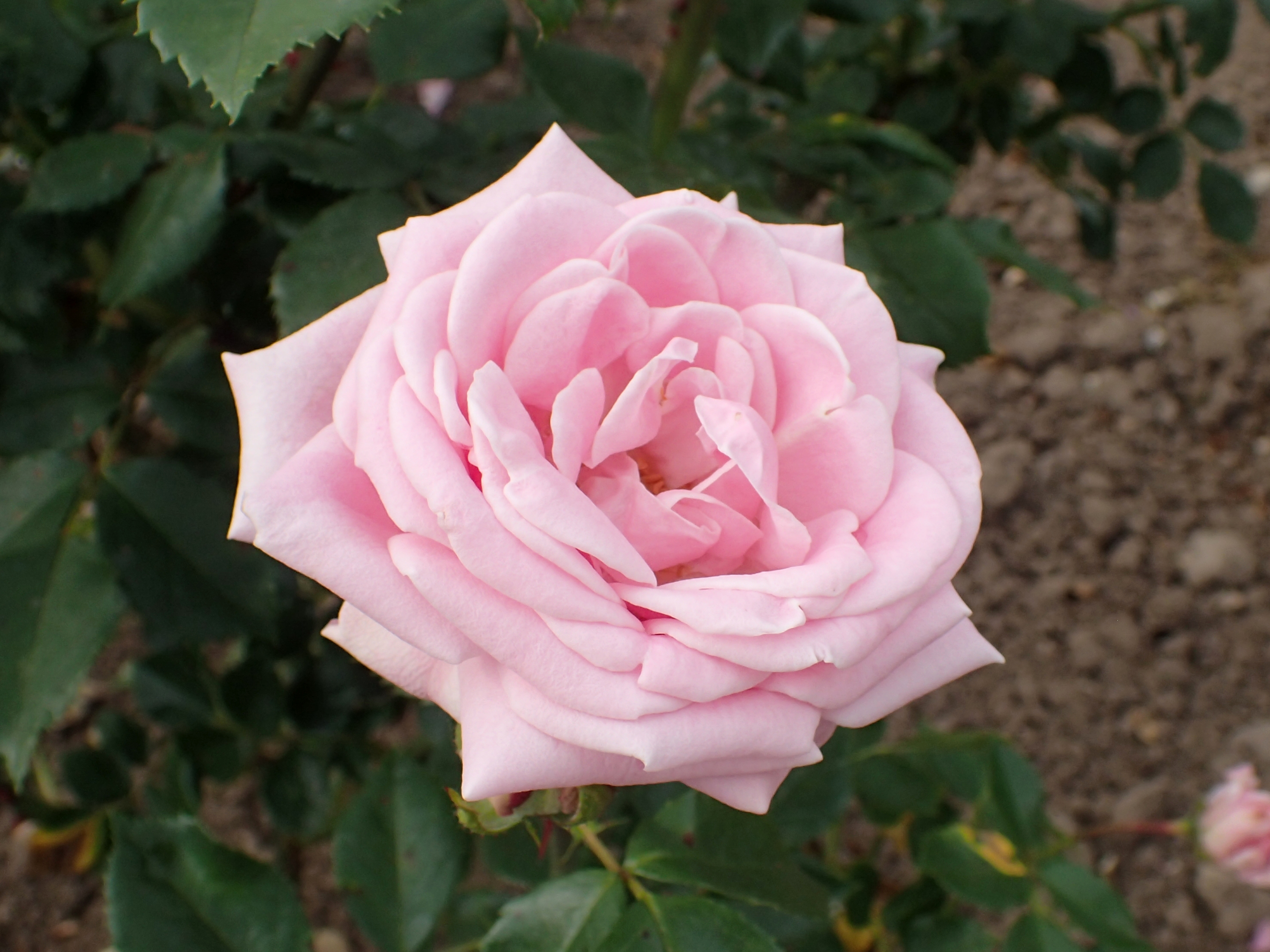
‘Rosalinde’, Max Krause, 1944
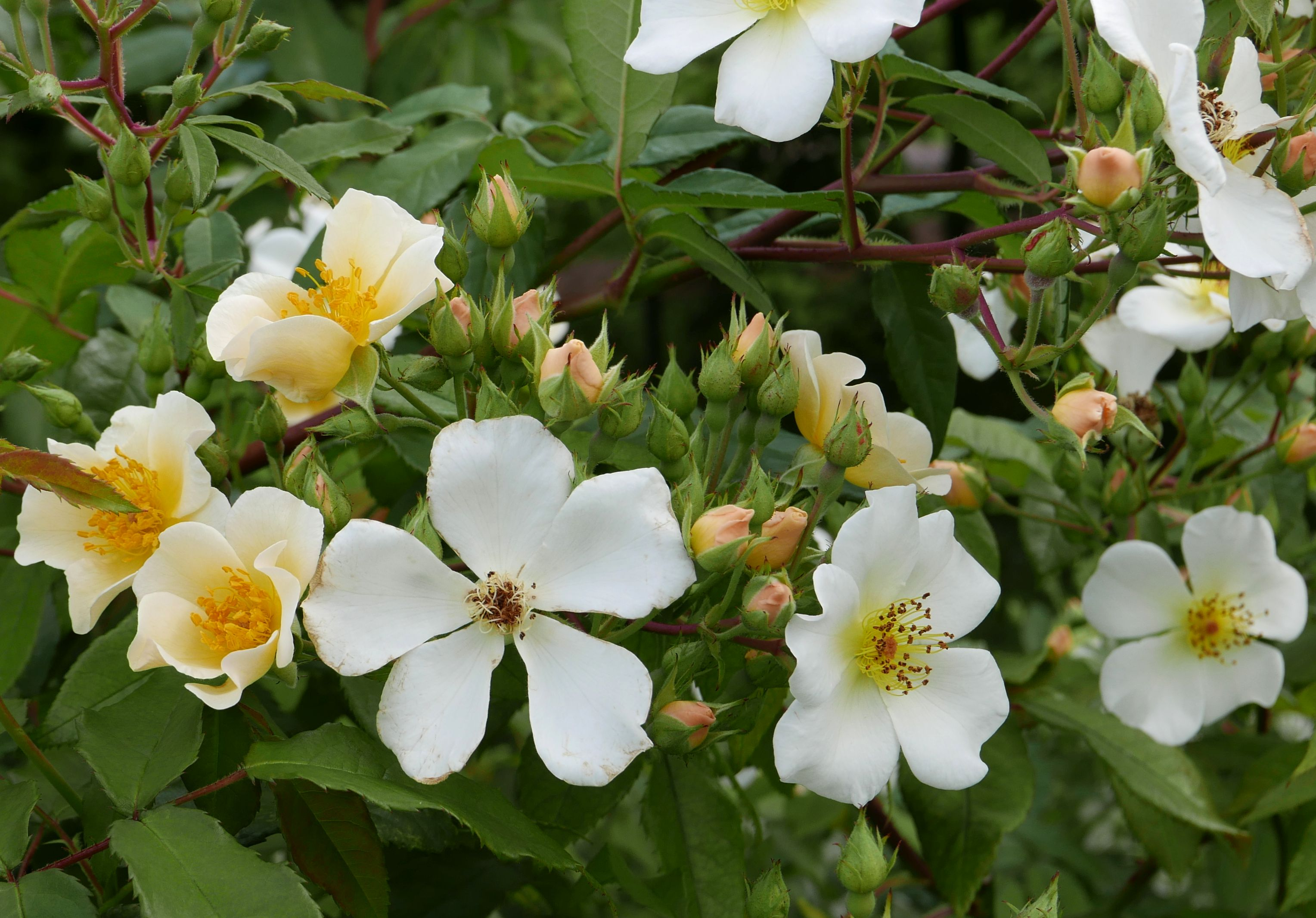
‘Rosalita’, Lens, 1997
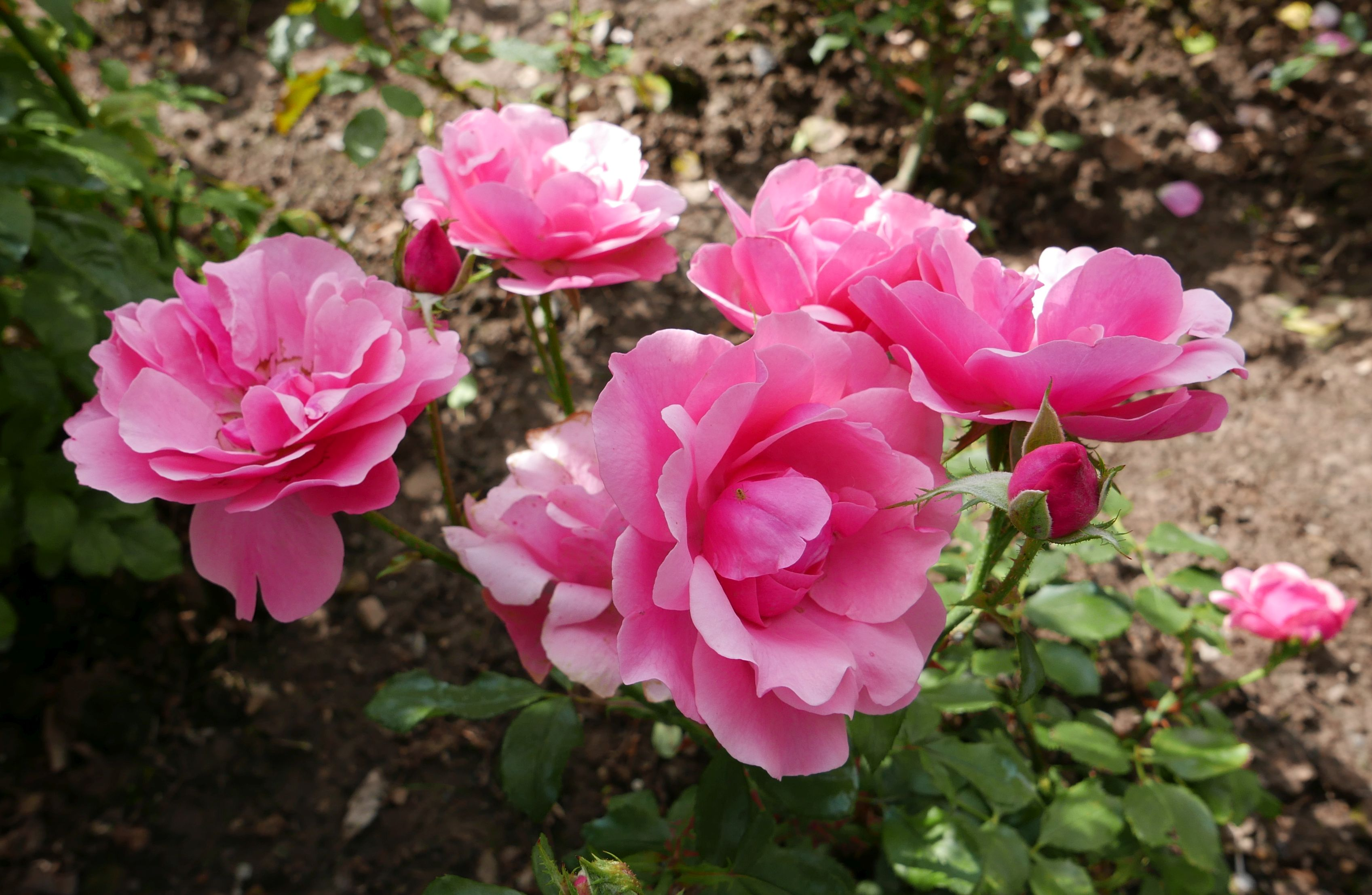
‘Rosamunde’, Leenders, 1941
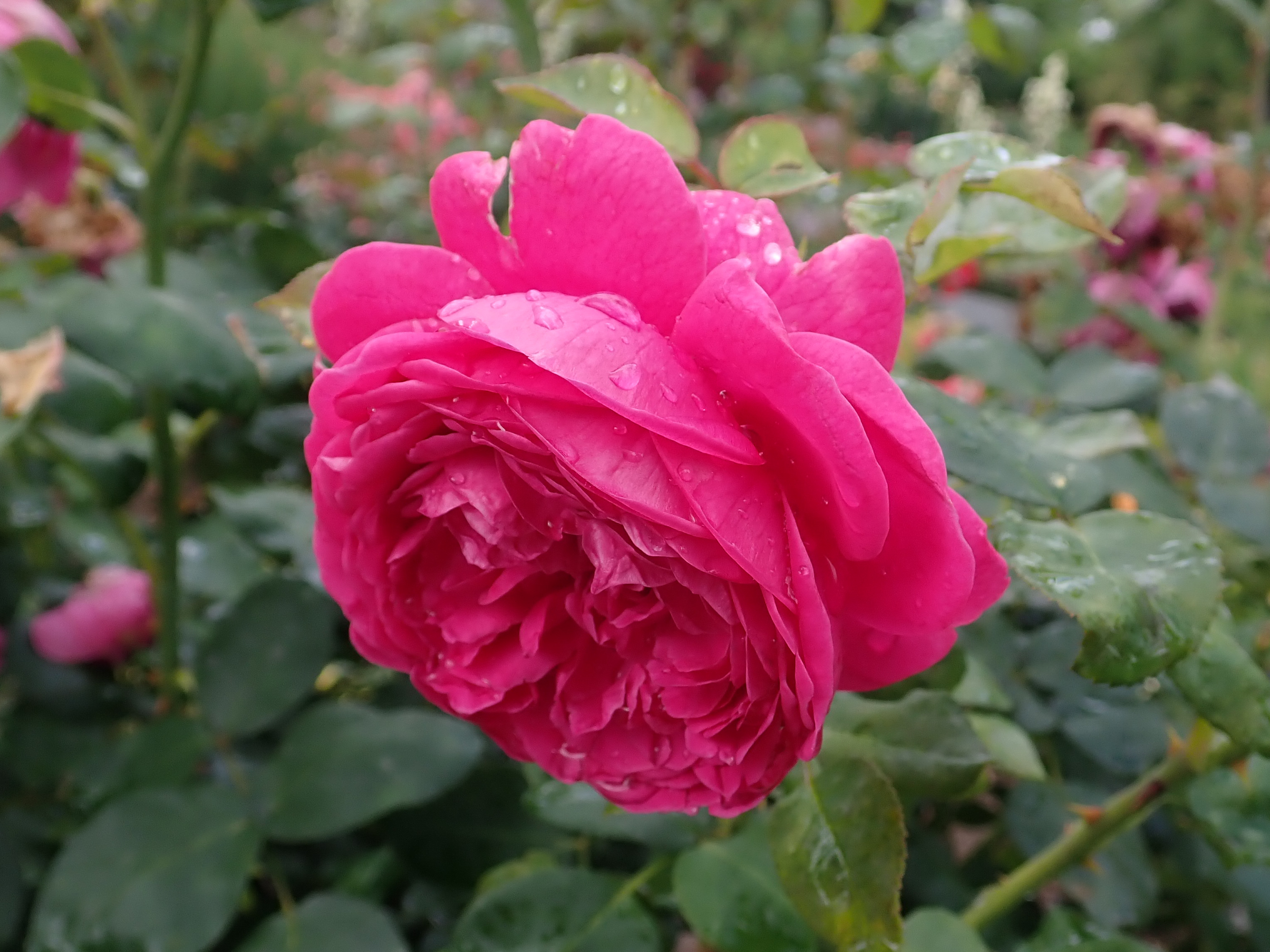
‘Rosamunde Pilcher’, Ingwer J. Jensen, 2004
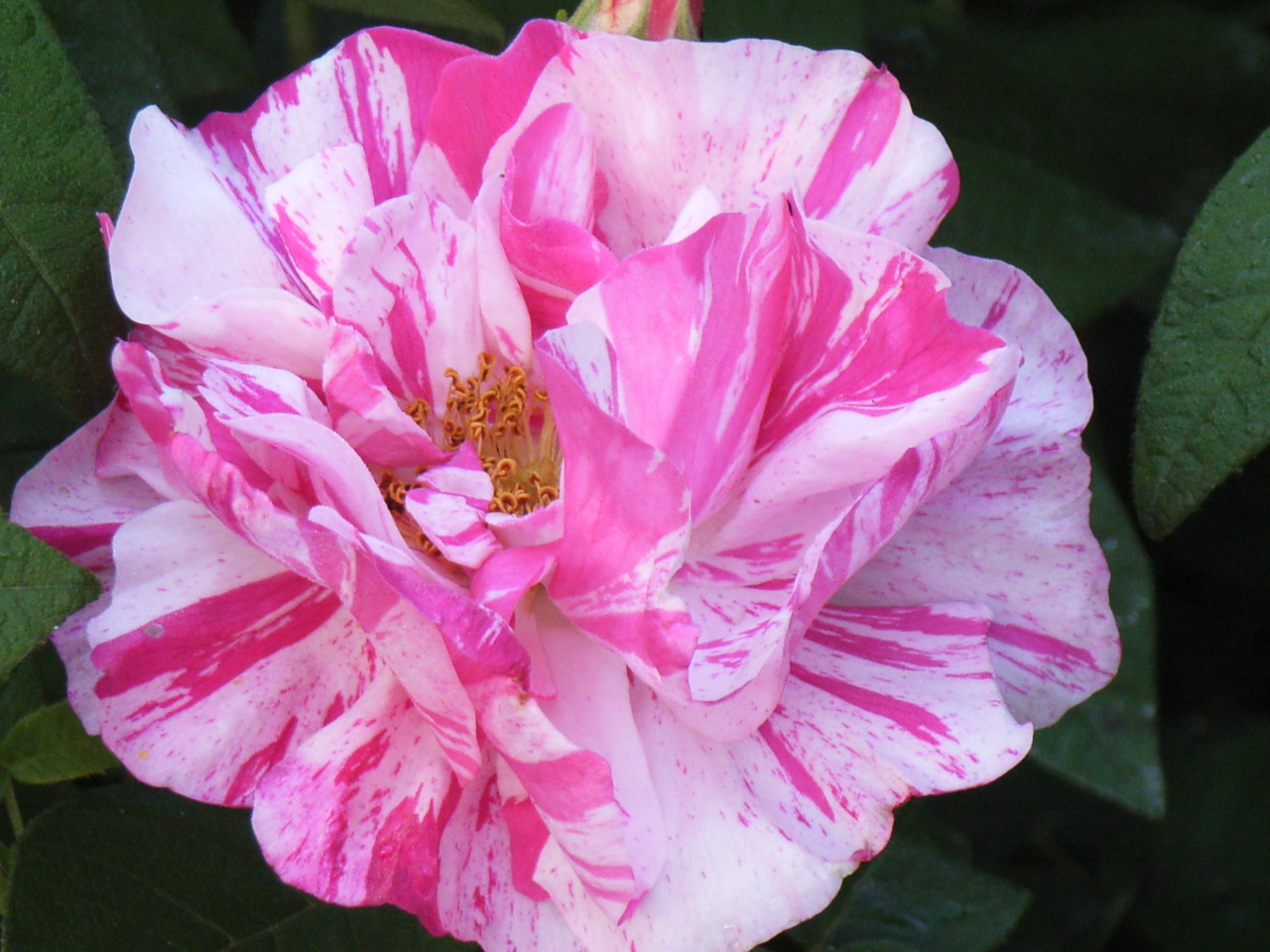
‘Rosa mundi’ (oder ‘Versicolor’), Rosa gallica, vor 1583
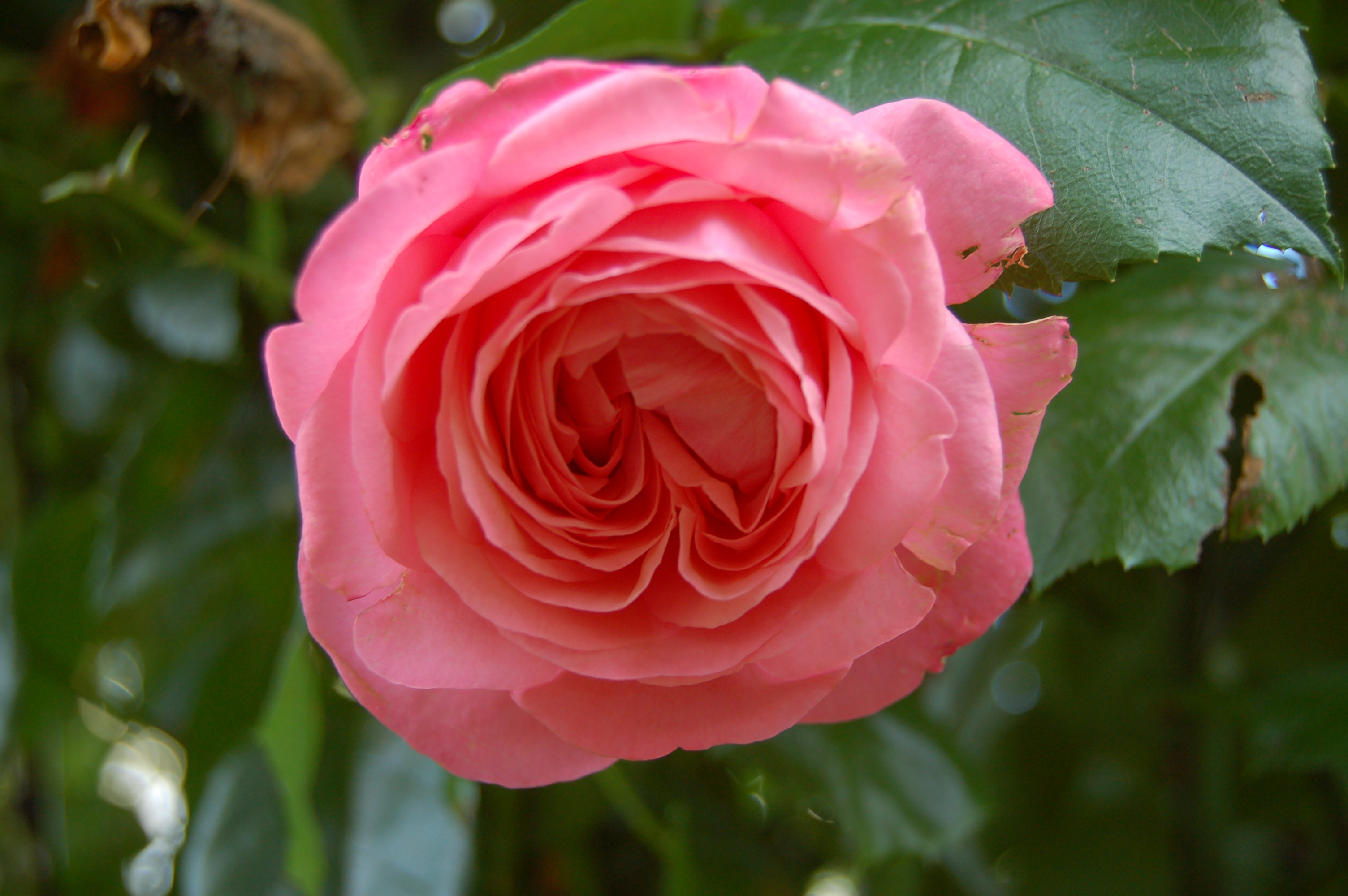
‘Rosanna’, Kordes, 2002
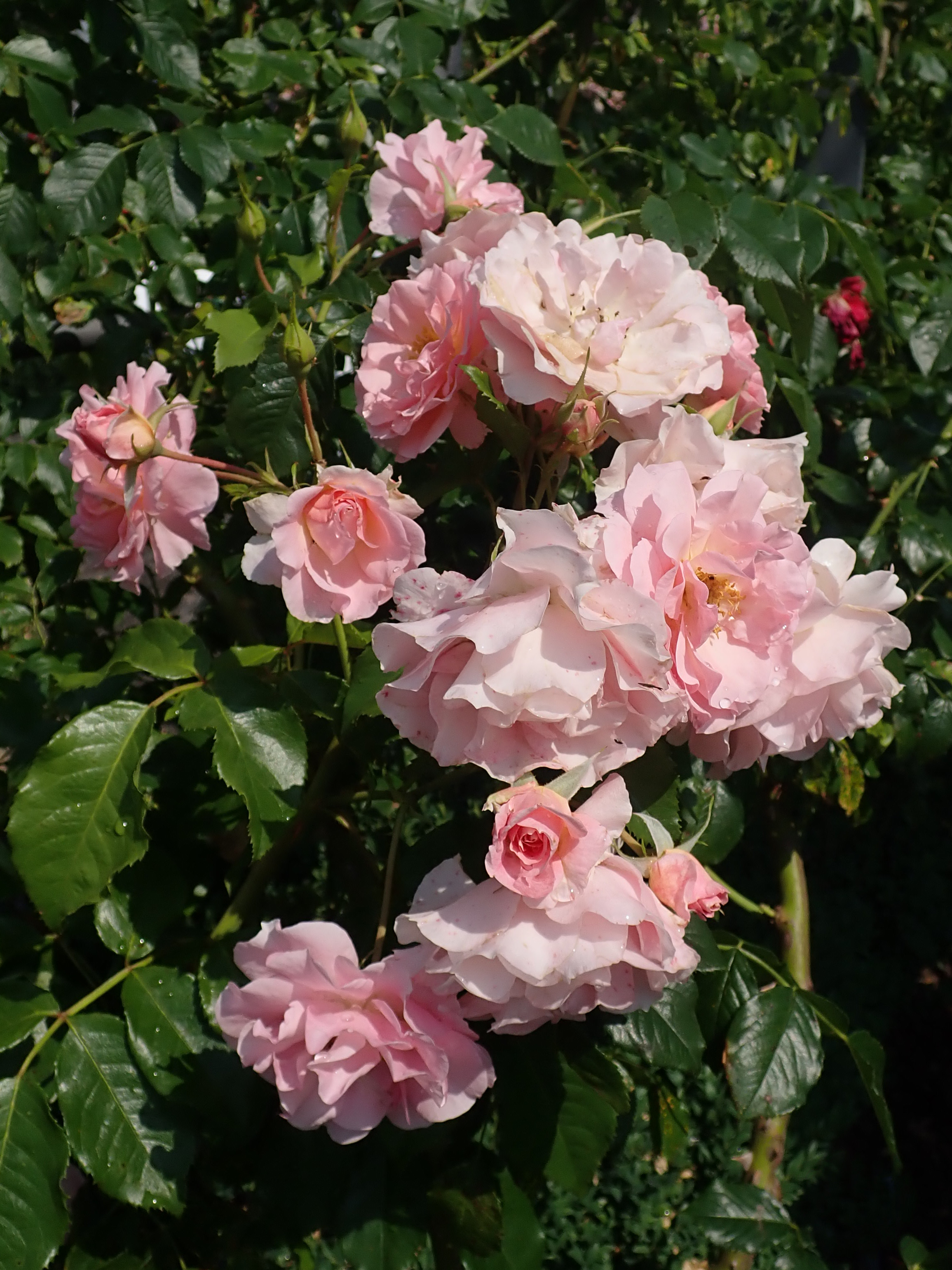
‘Rosario’, Hans Jürgen Evers/Rosen-Tantau, 1993
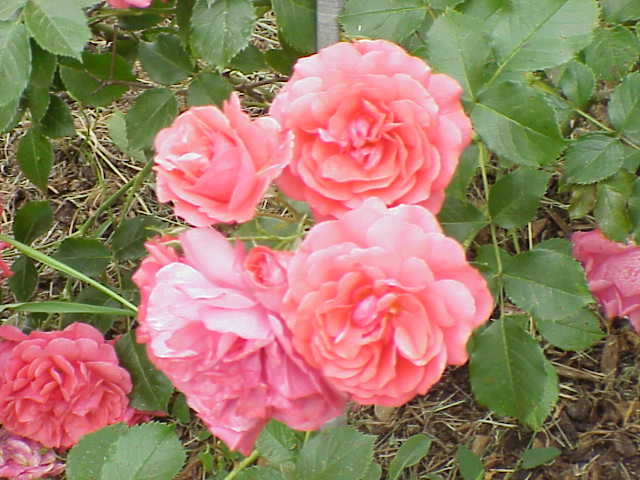
‘Rosarium Uetersen’, Kordes, 1977
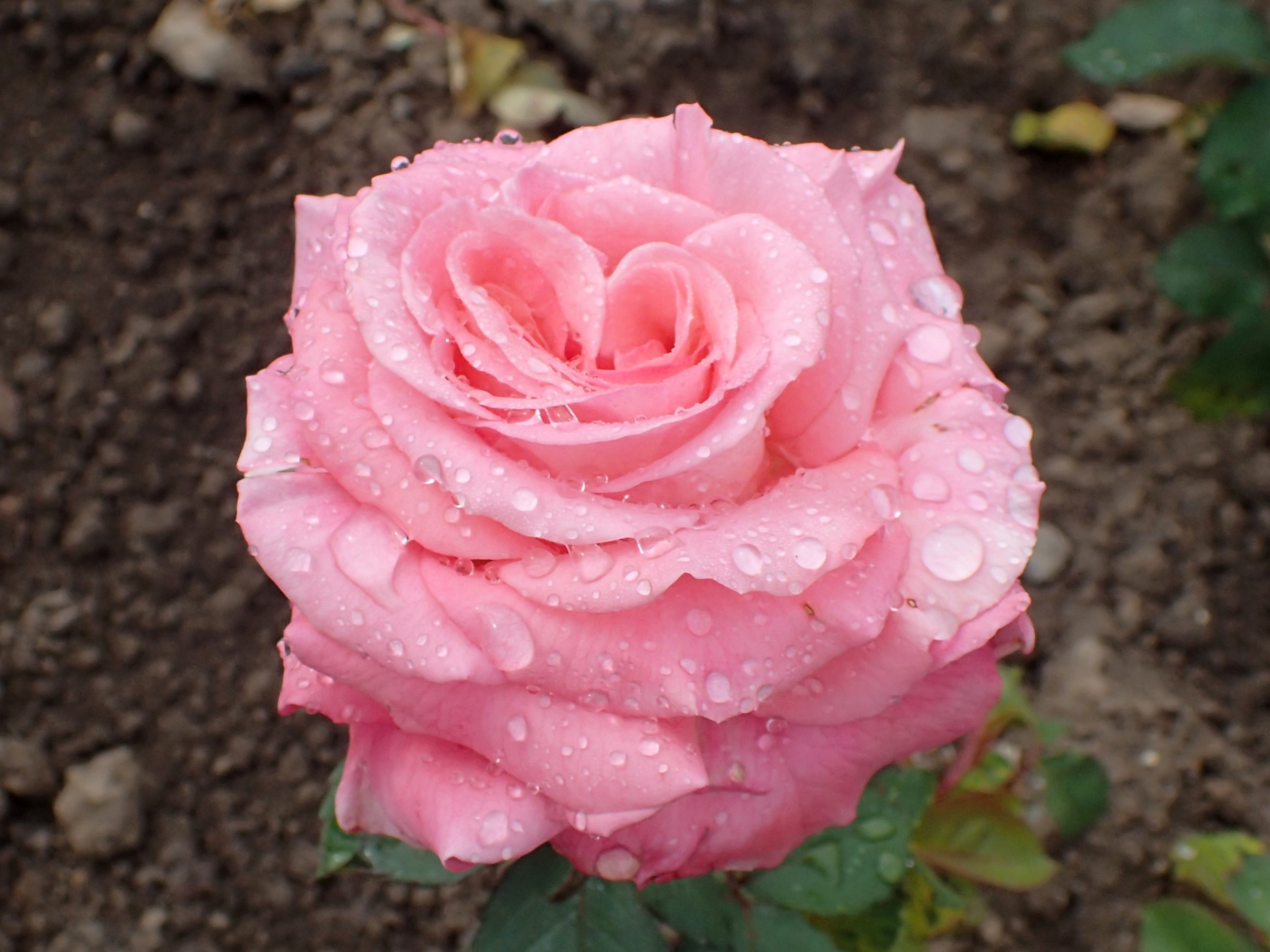
‘Rosa Traum’, Kordes, 1974
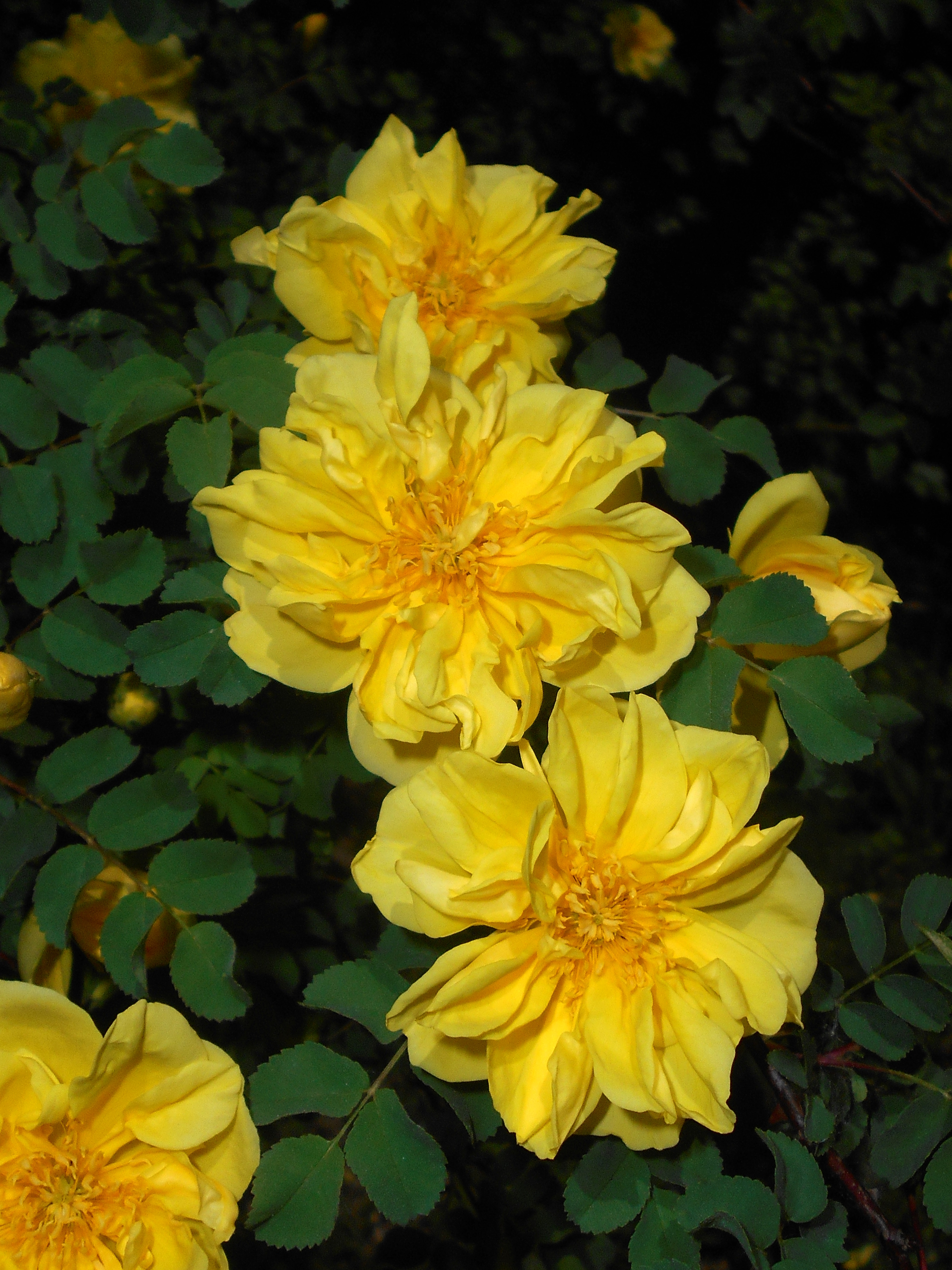
‘Rosa xanthina Plena’, unbekannt
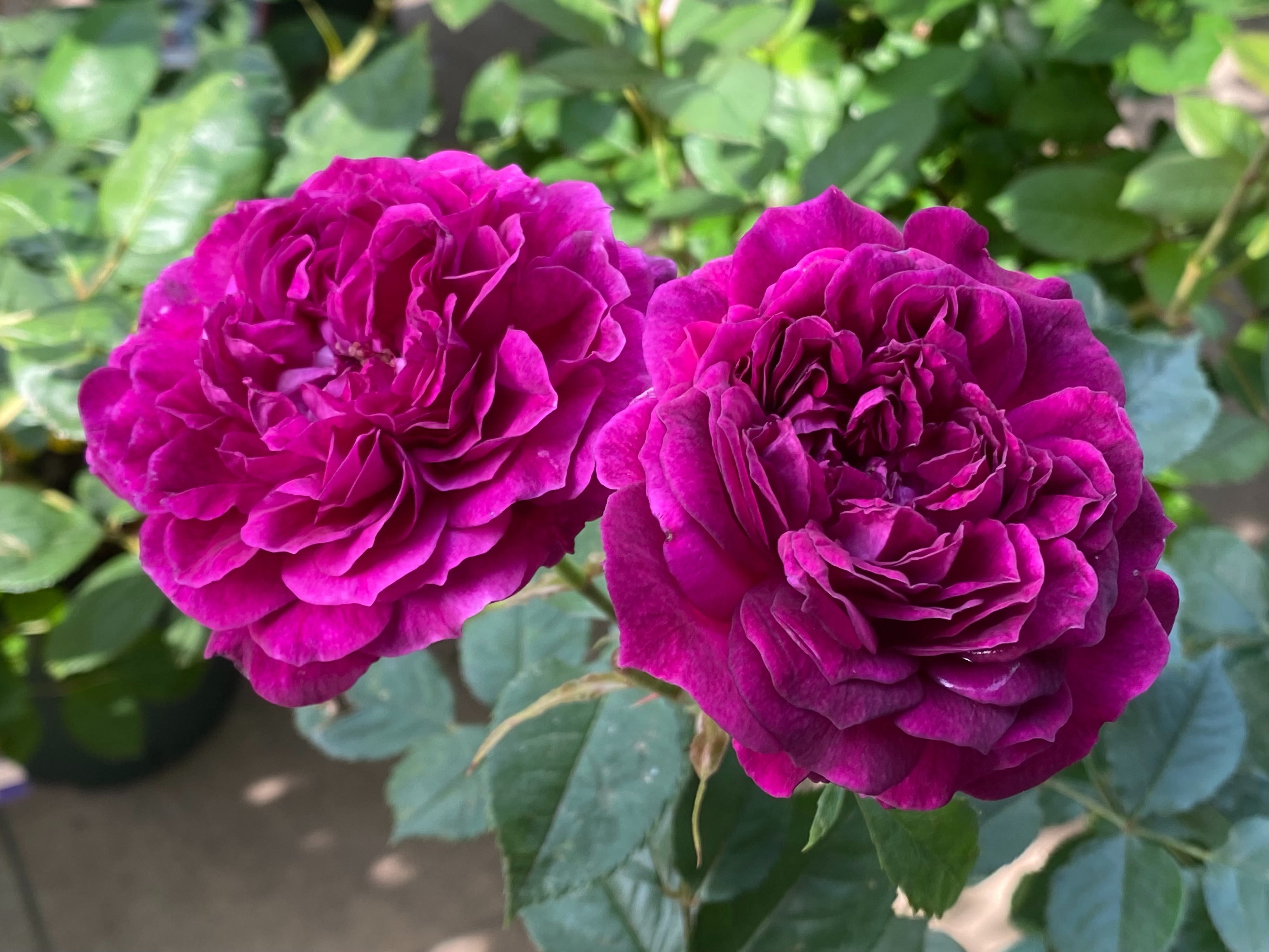
‘Rose de Kumiko’, Takashi Kawai, vor 2011
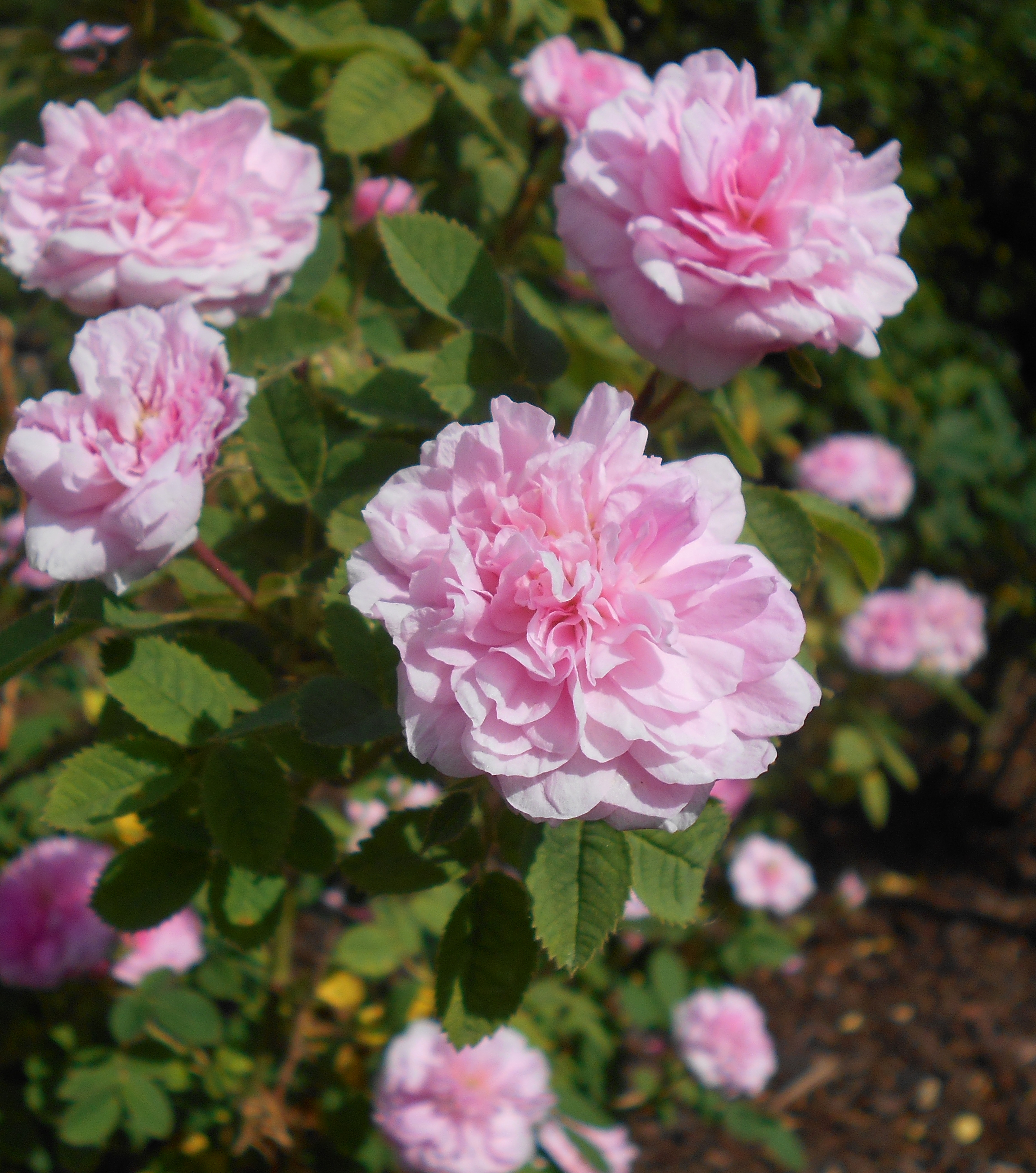
‘Rose de Meaux’, vor 1800 ?
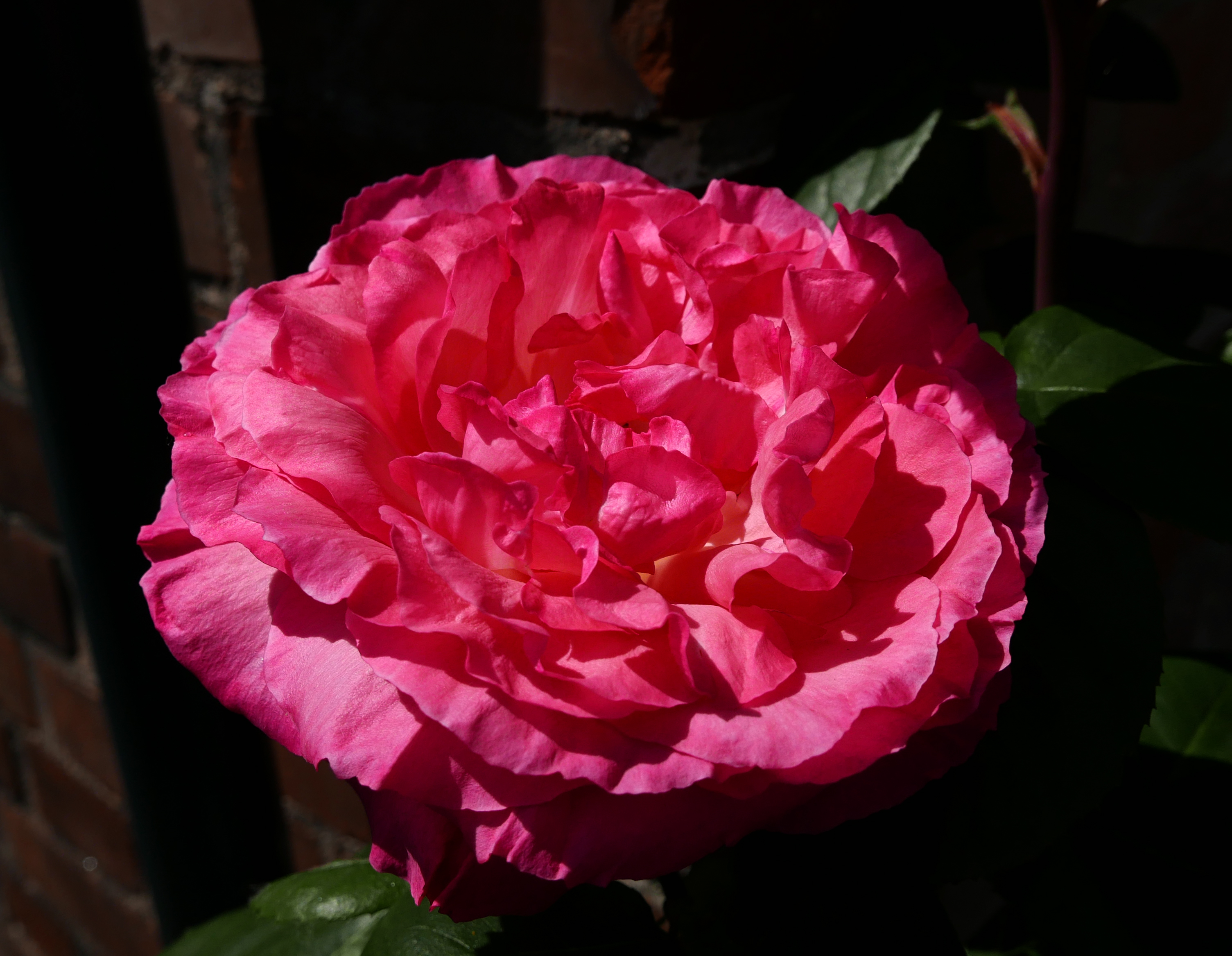
‘Rose de Molinard’, Delbard, 1998
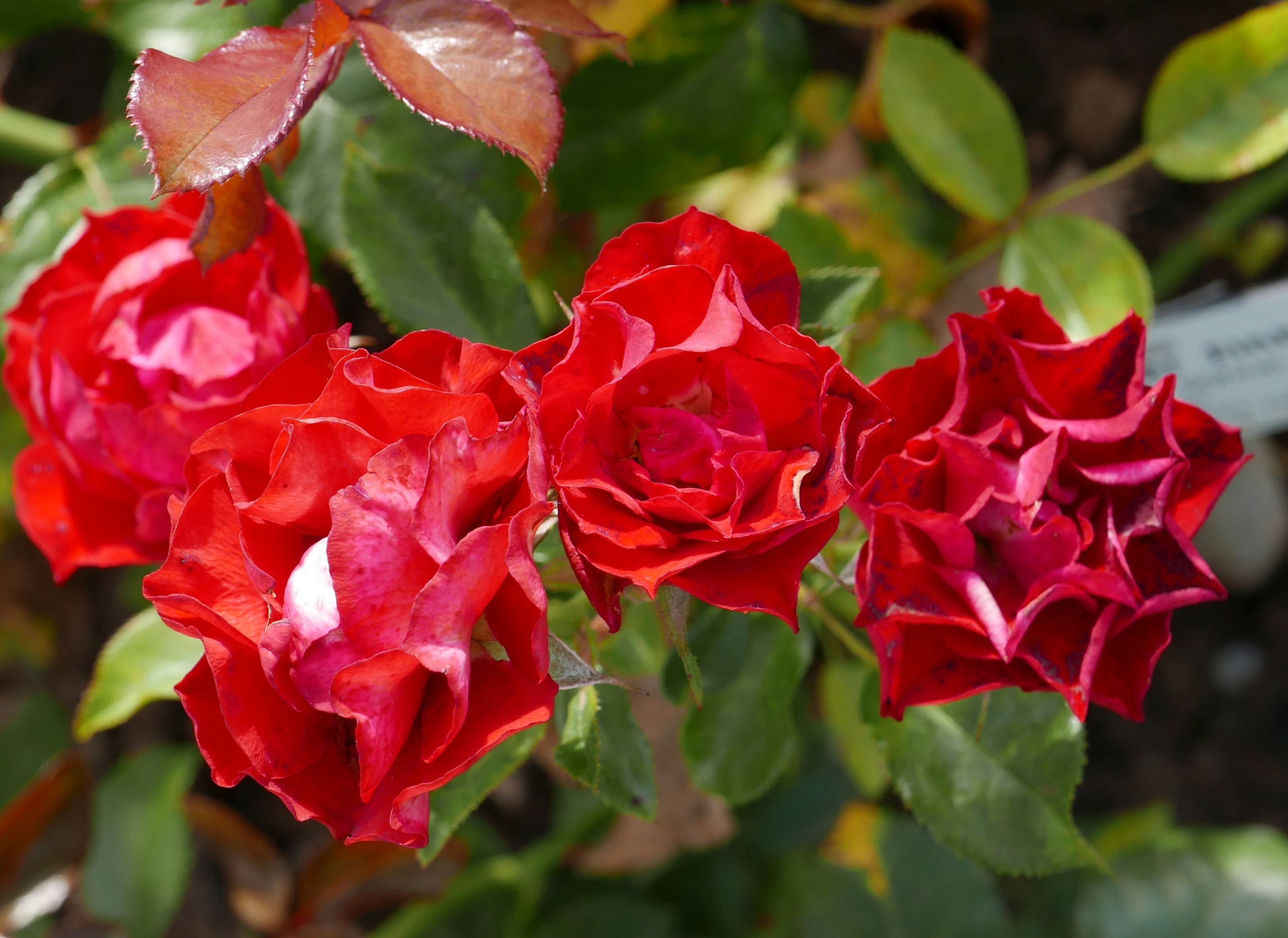
‘Rose der Einheit’, Kordes, 2014
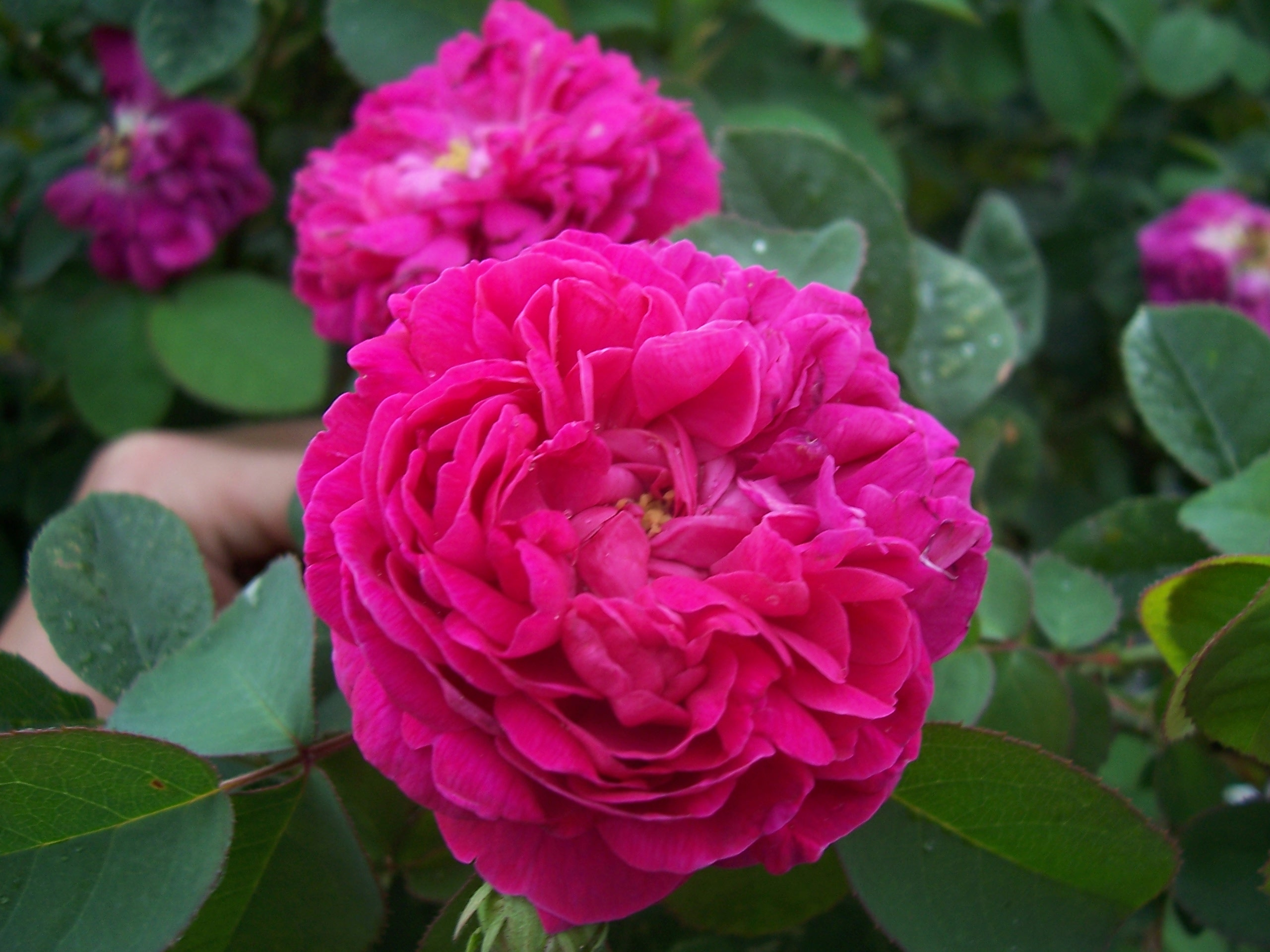
‘Rose de Rescht’, 1840
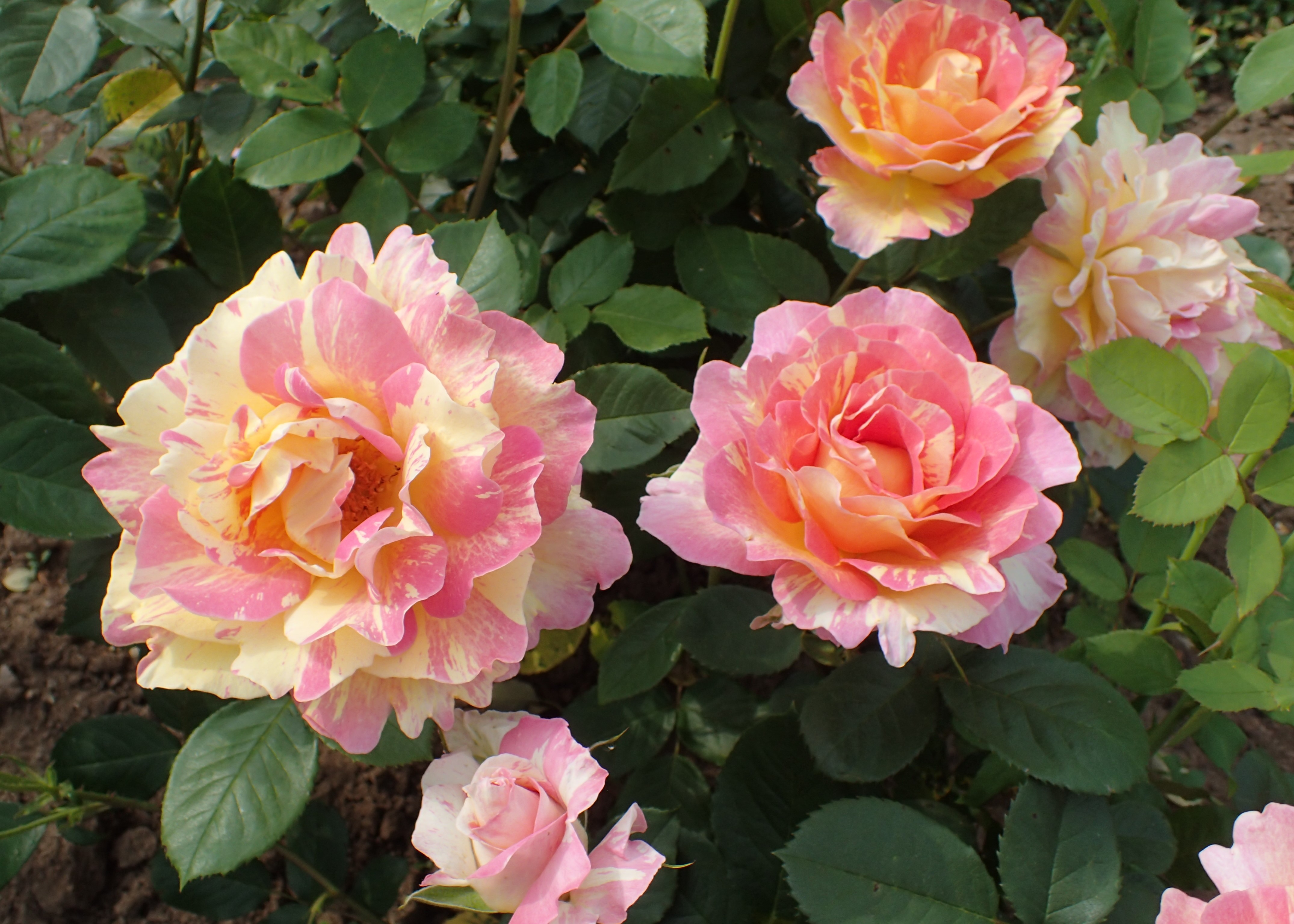
‘Rose des Cisterciens’, Delbard, 1998
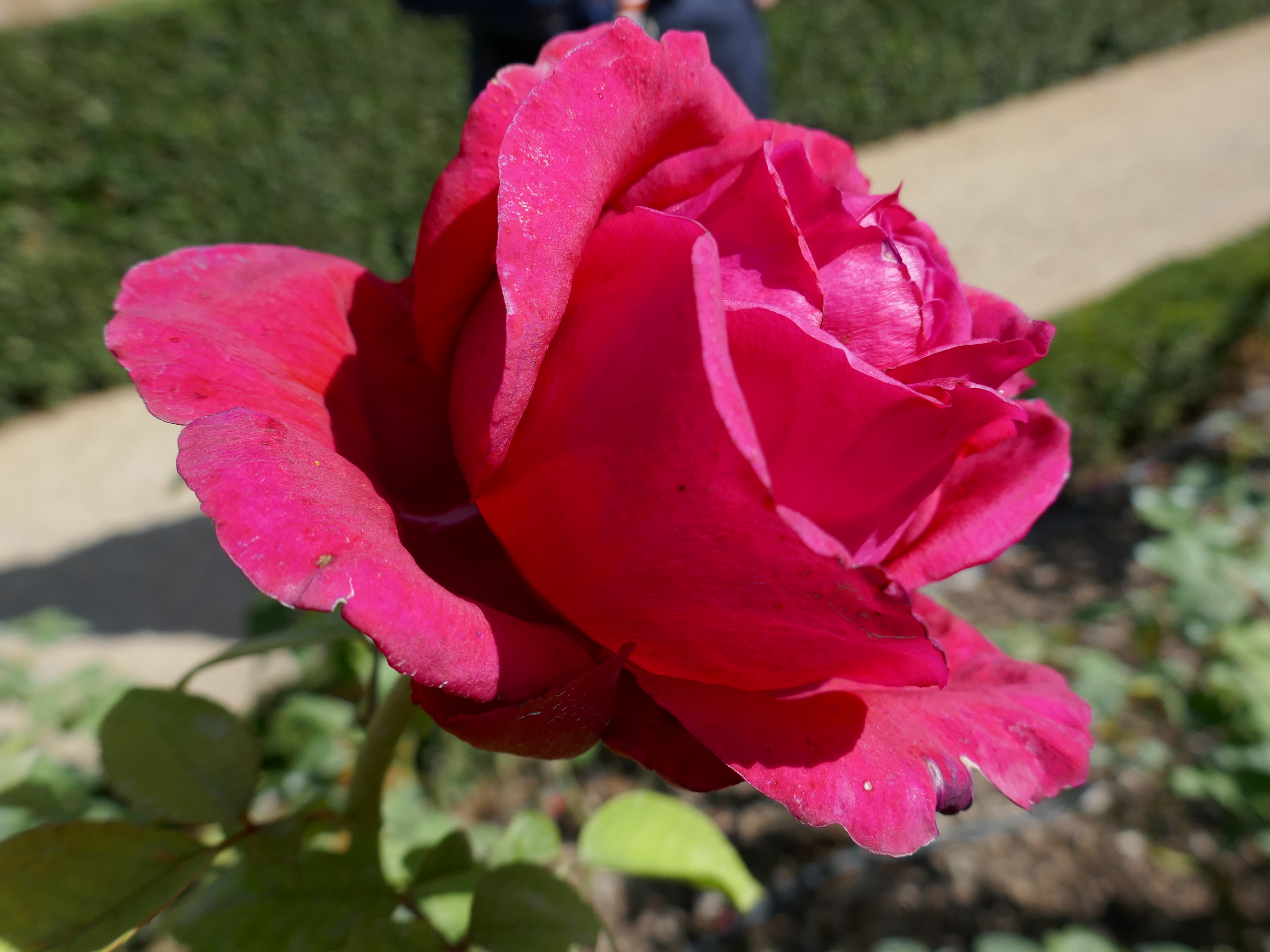
‘Rose des 4 vents’, Delbard, 2006
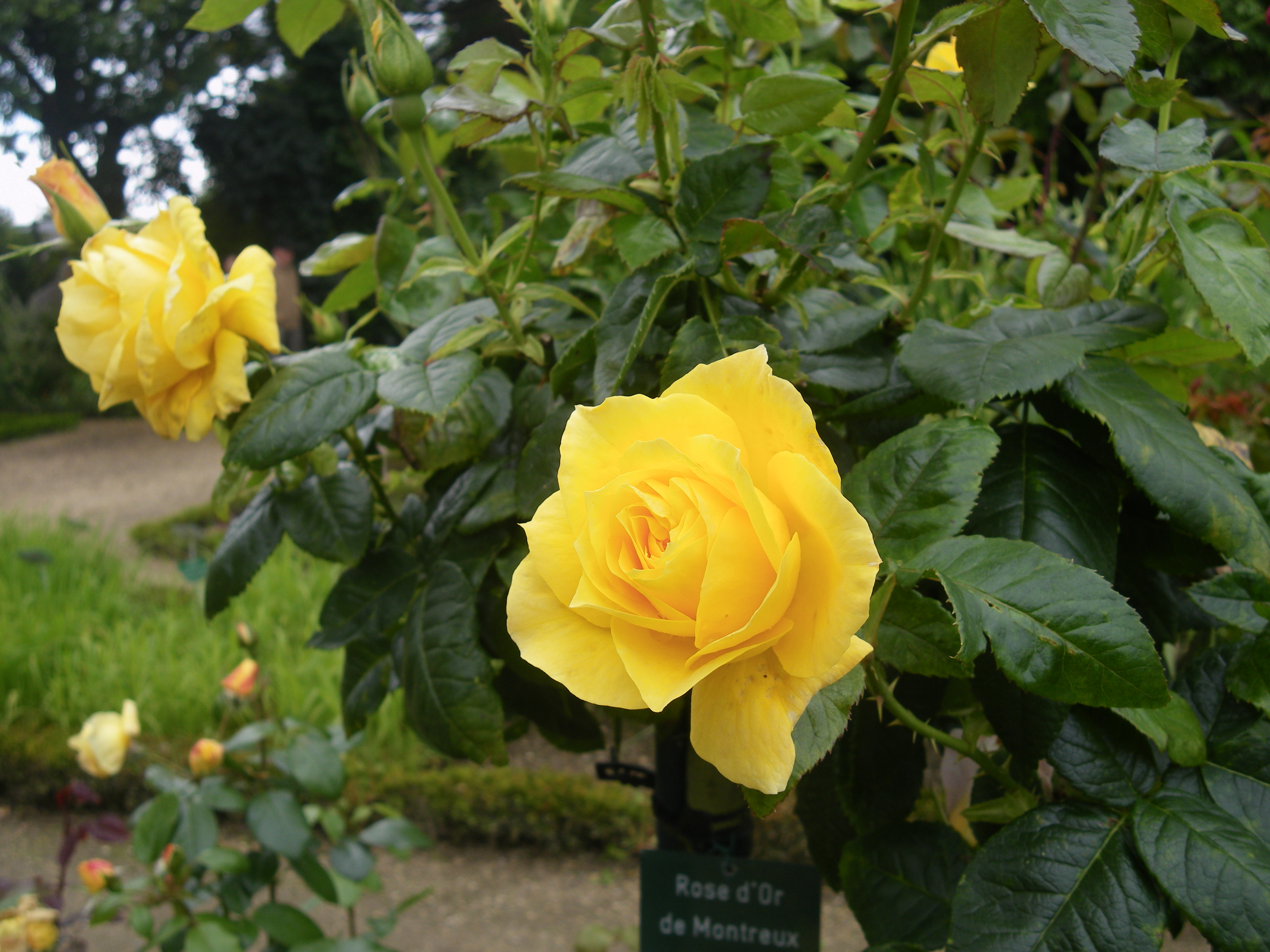
‘Rose d’Or’, Jean-Marie Gaujard, vor 1938
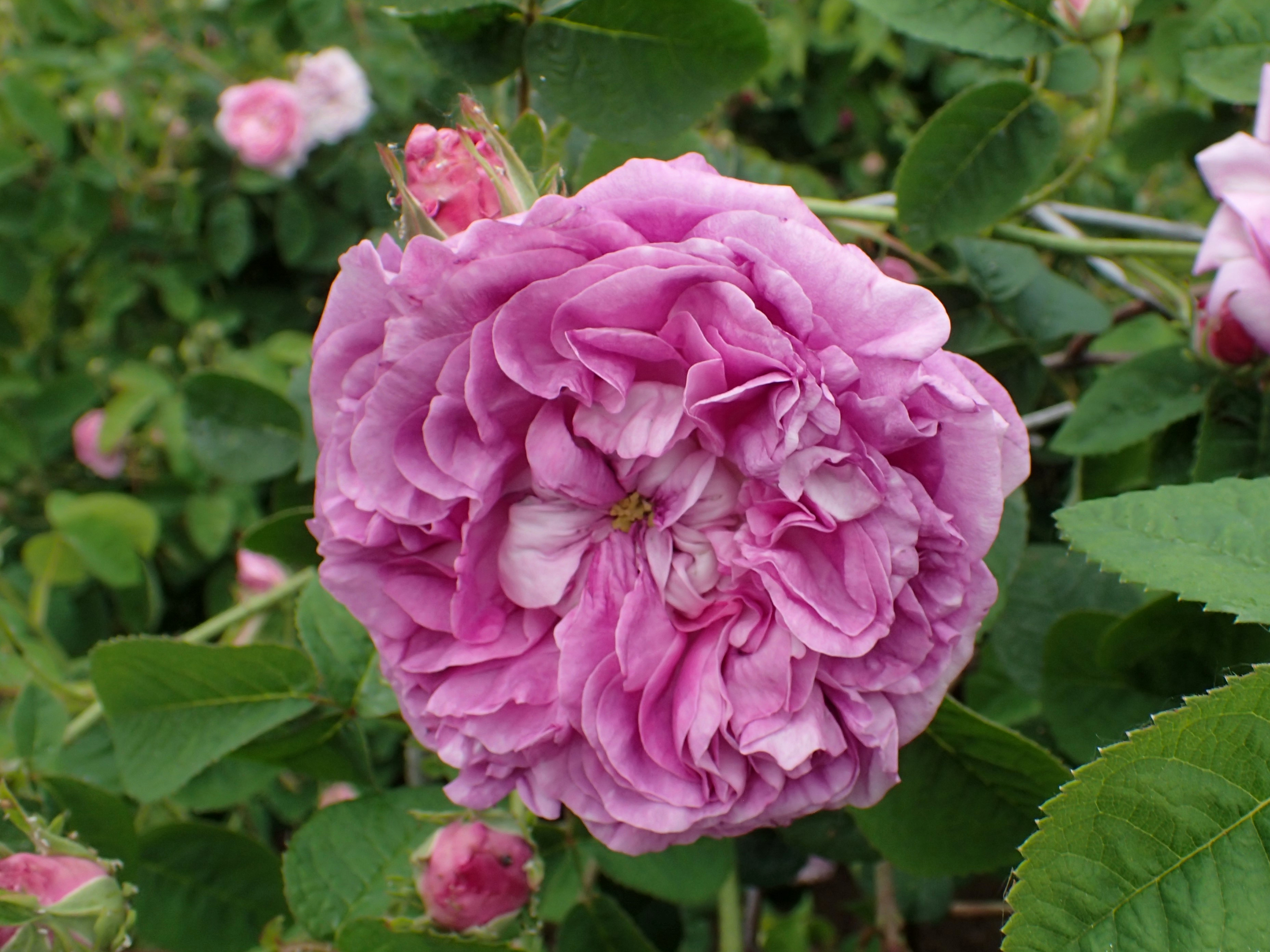
‘Rose du Maître d’École’ (oder ‘Rose de la Maître-École’), Coquereau, 1831
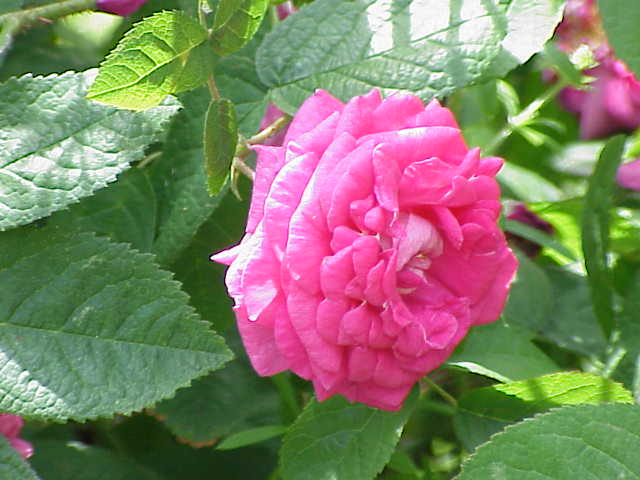
‘Rose du Roi’, Lélieur, 1815
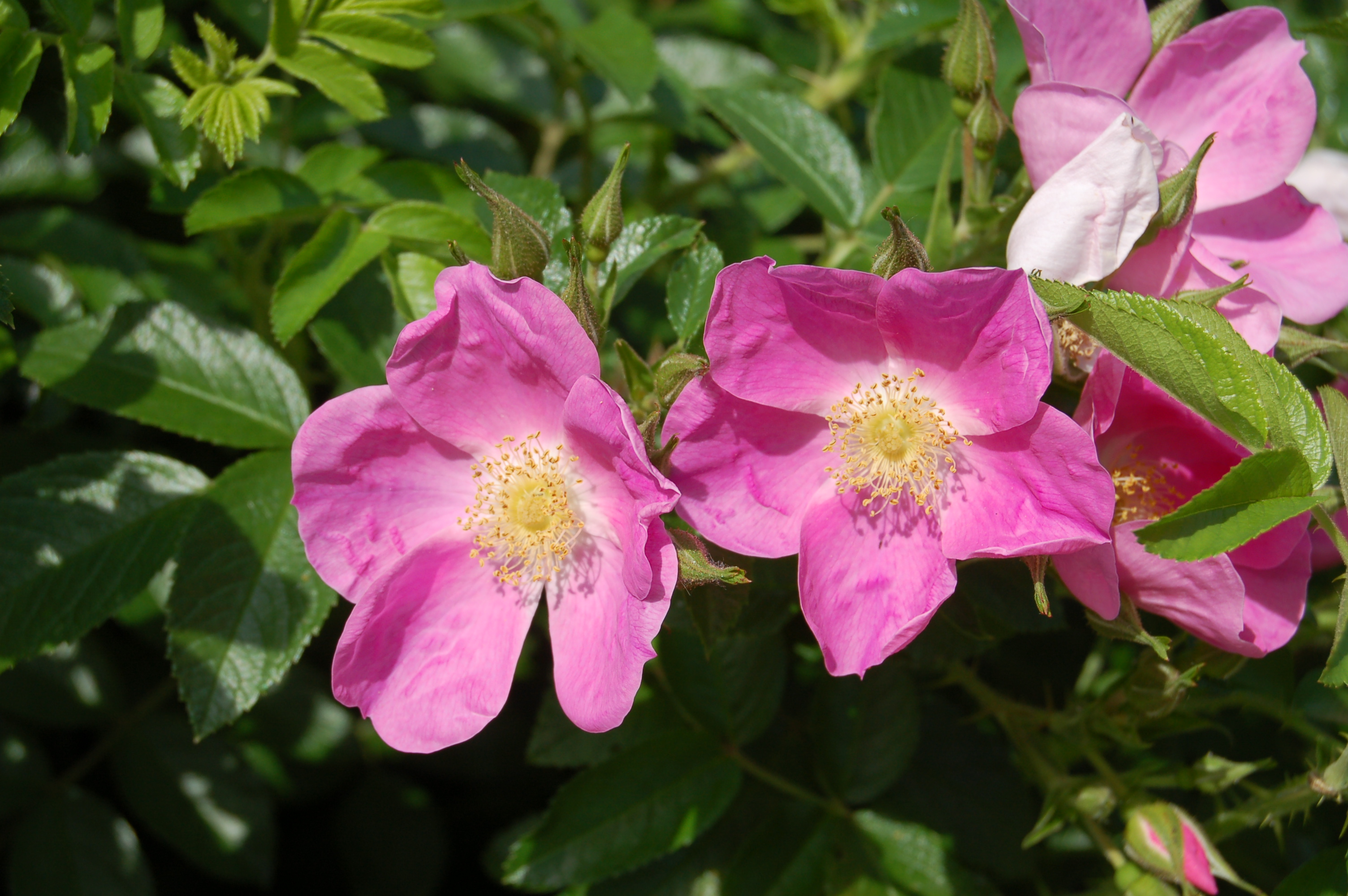
‘Roselina’, Kordes, 1992
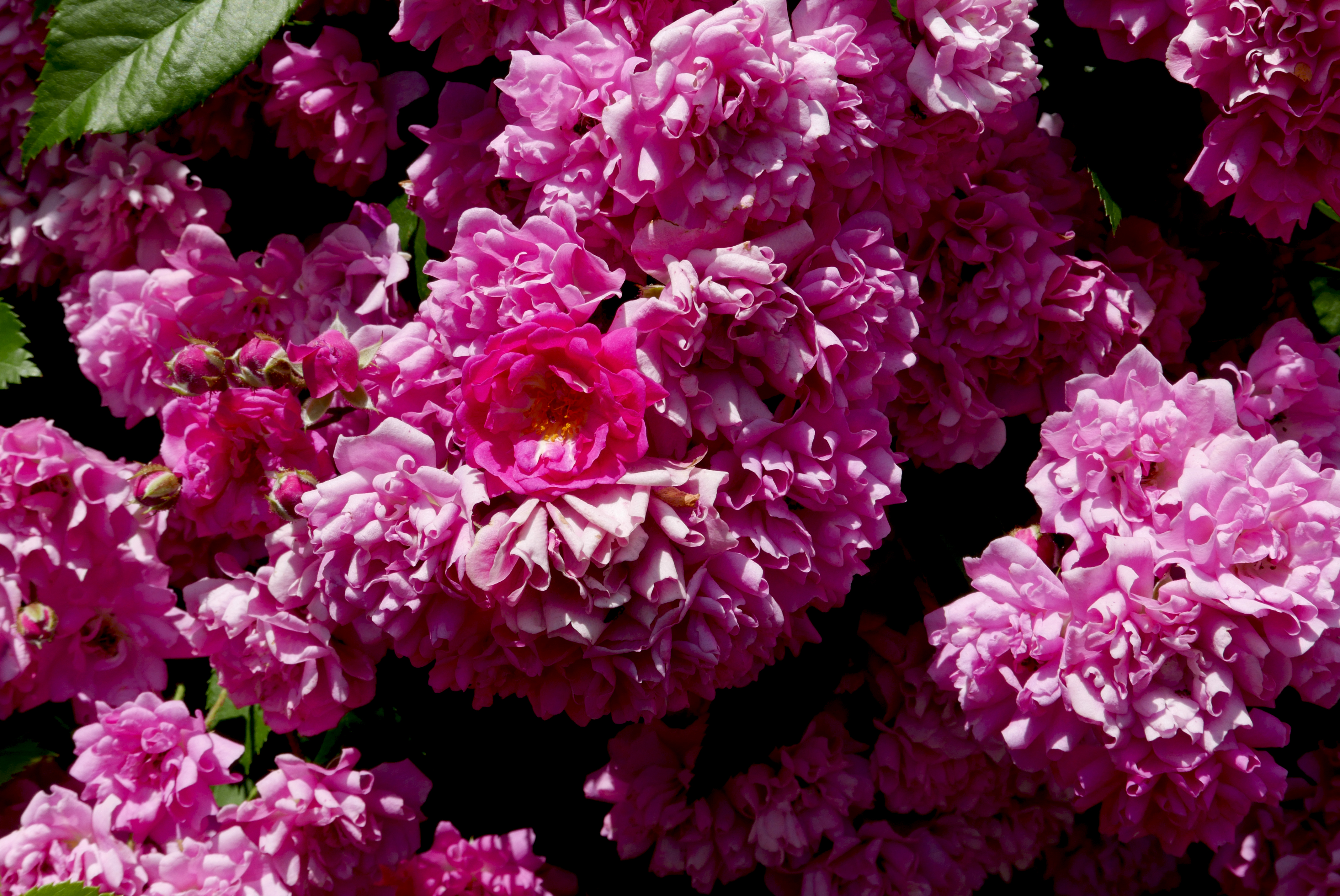
‘Rose-Marie Viaud’, Igoult, 1924
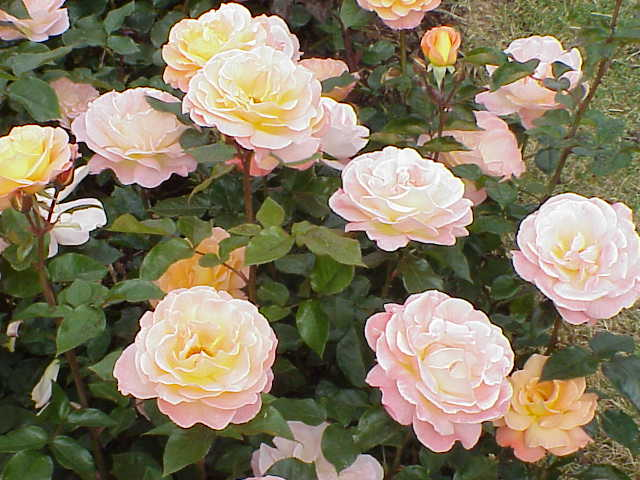
‘Rosemary Harkness’, Harkness, 1985
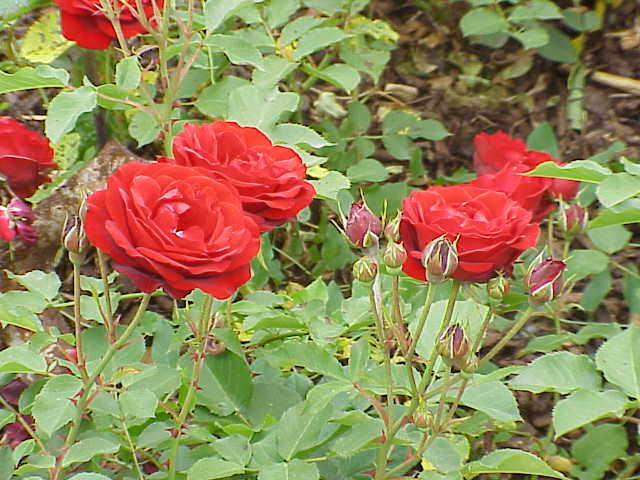
‘Rosenau’, Eggert, 1961
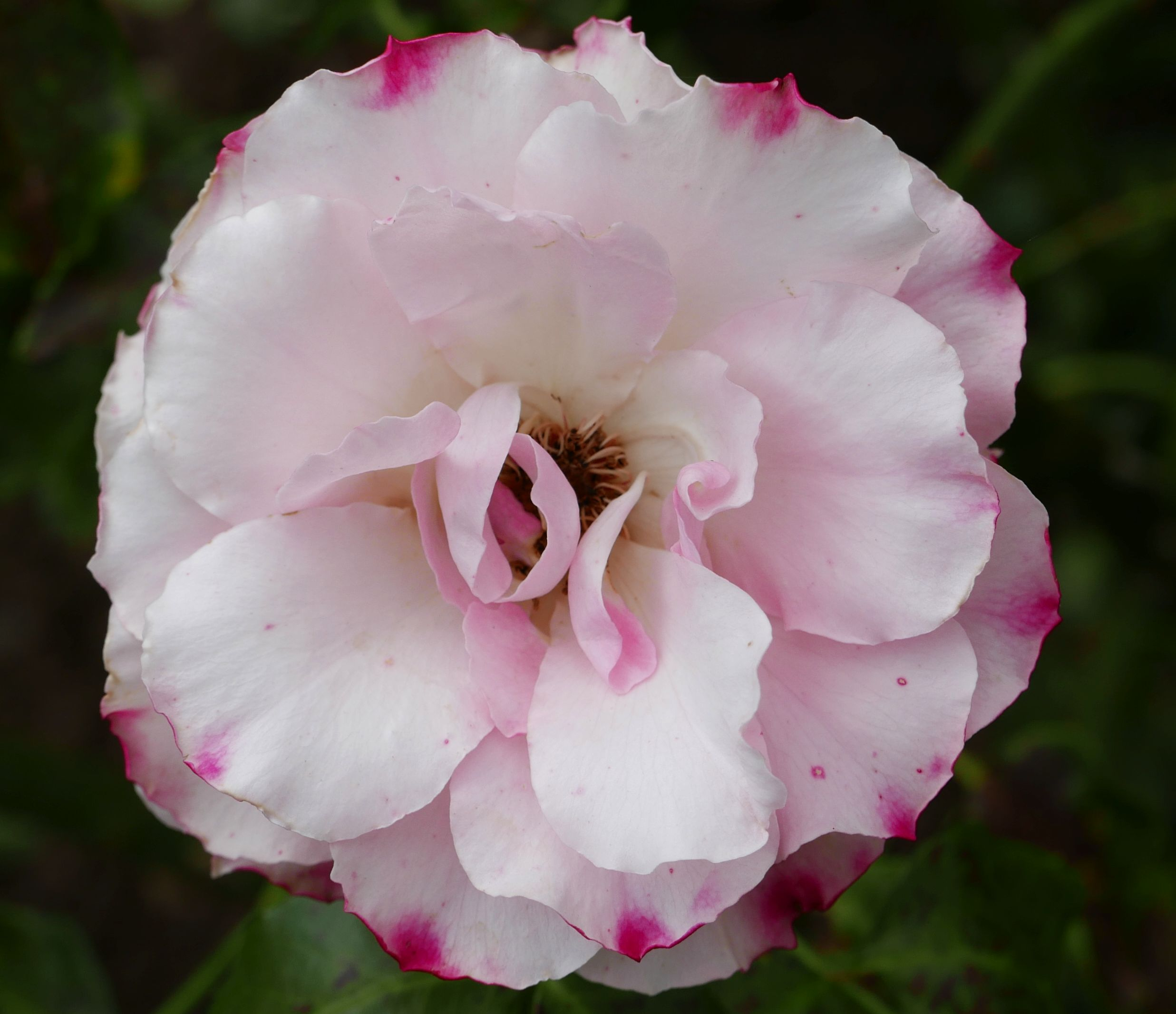
‘Rosendorf Sparrieshoop’, Kordes, 1988
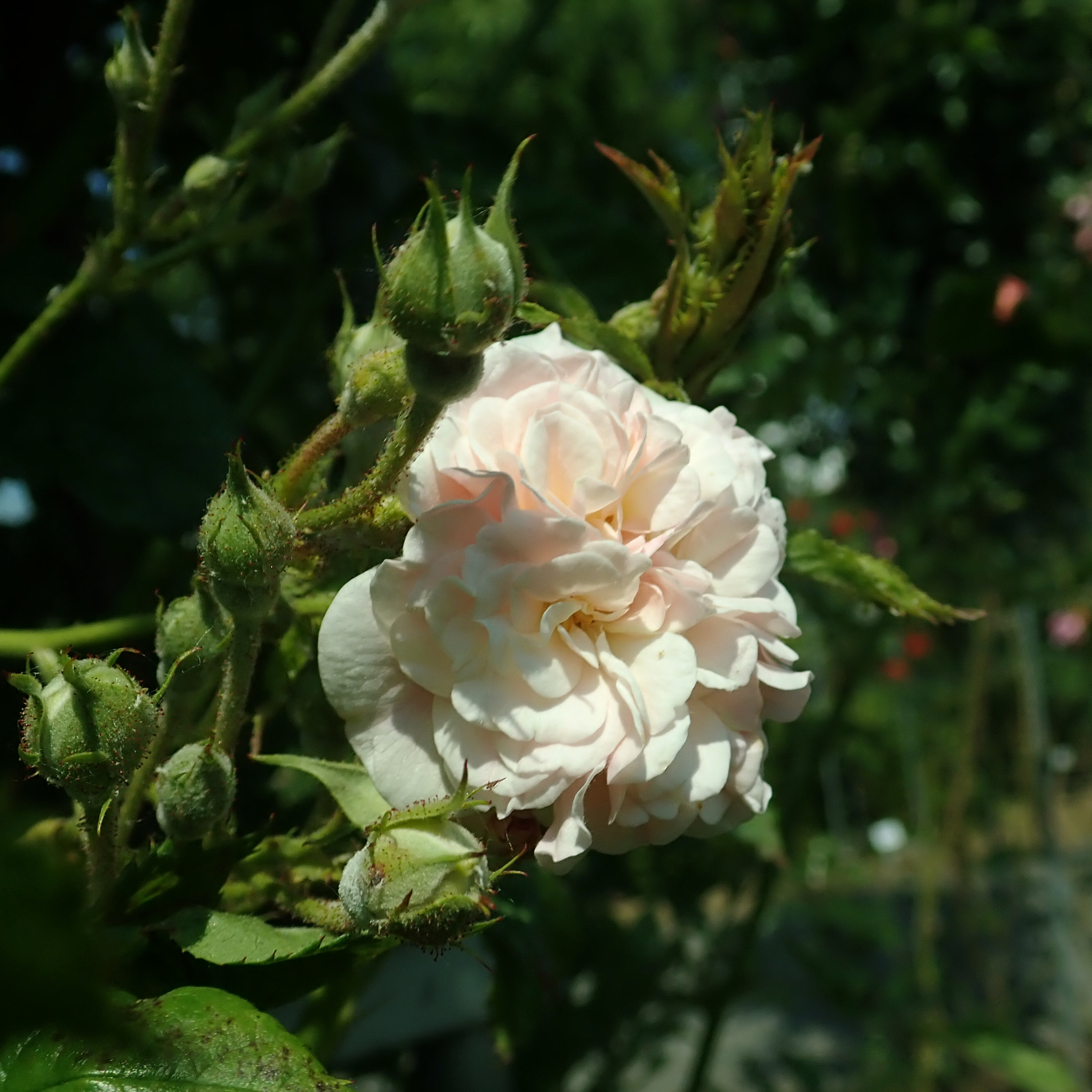
‘Rosendorf Steinfurth’, Heinrich Schultheis, 2004
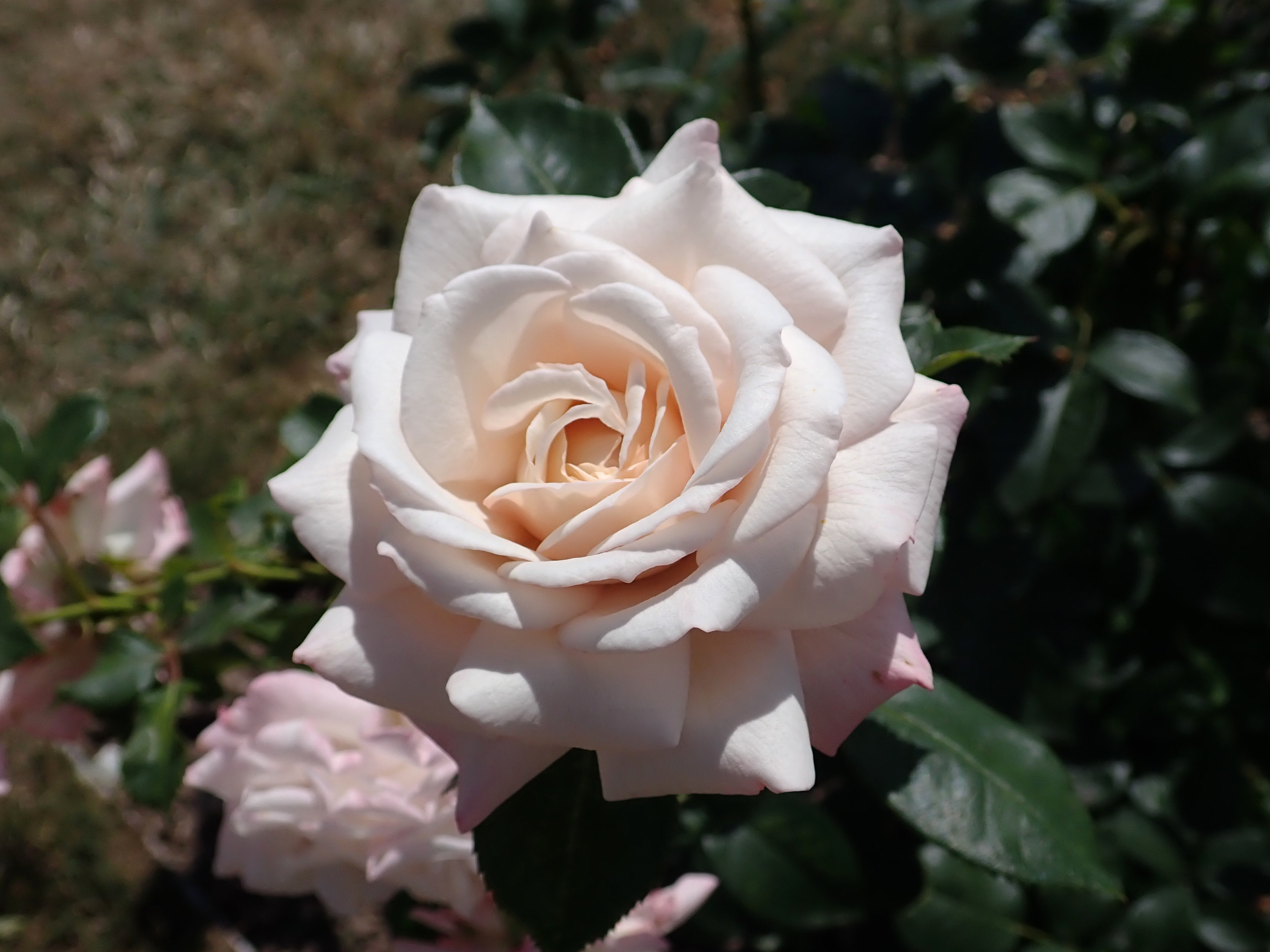
‘Rosenfaszination’, Kordes, 2013
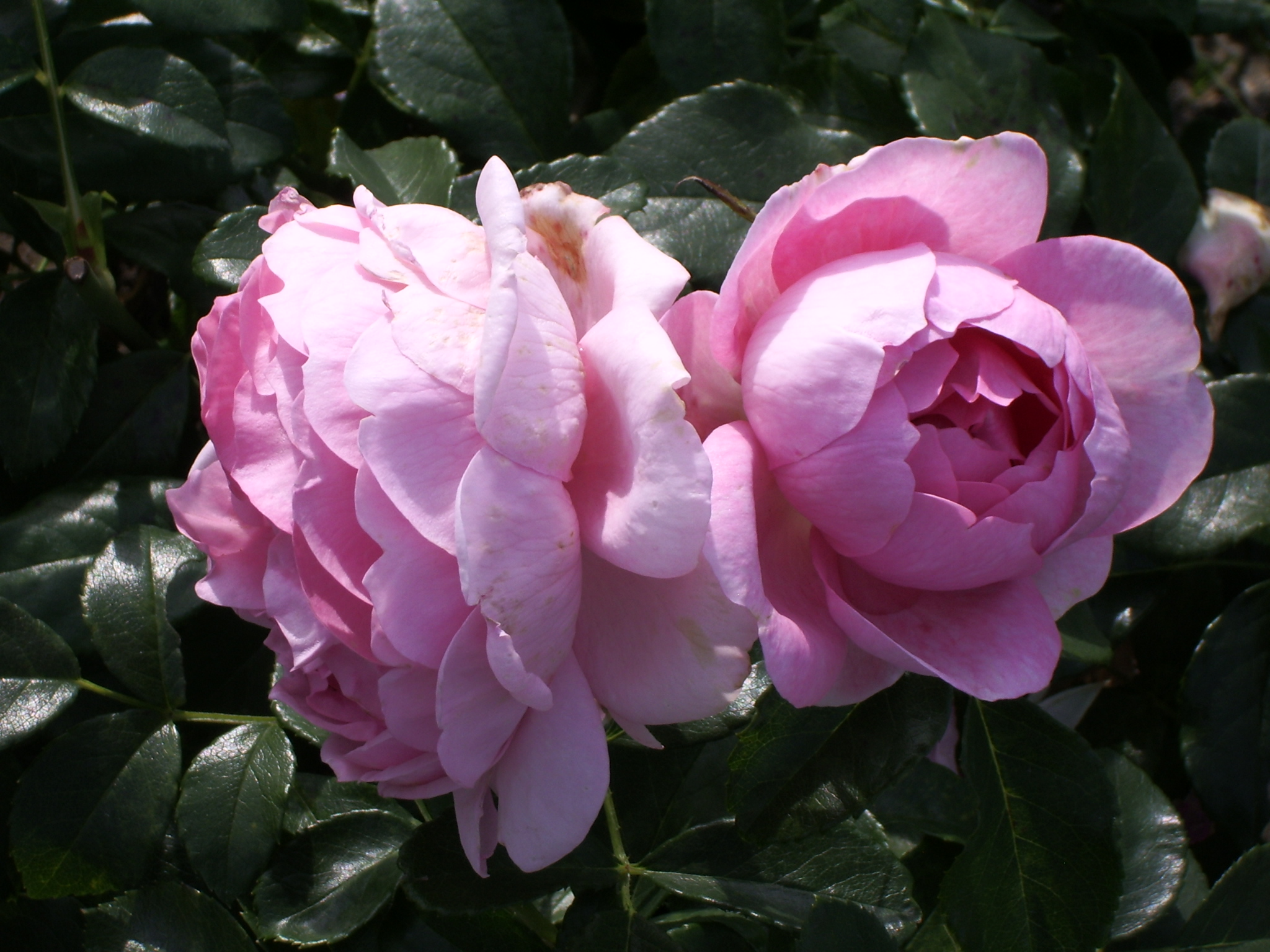
‘Rosenfee’, Kordes, 2006
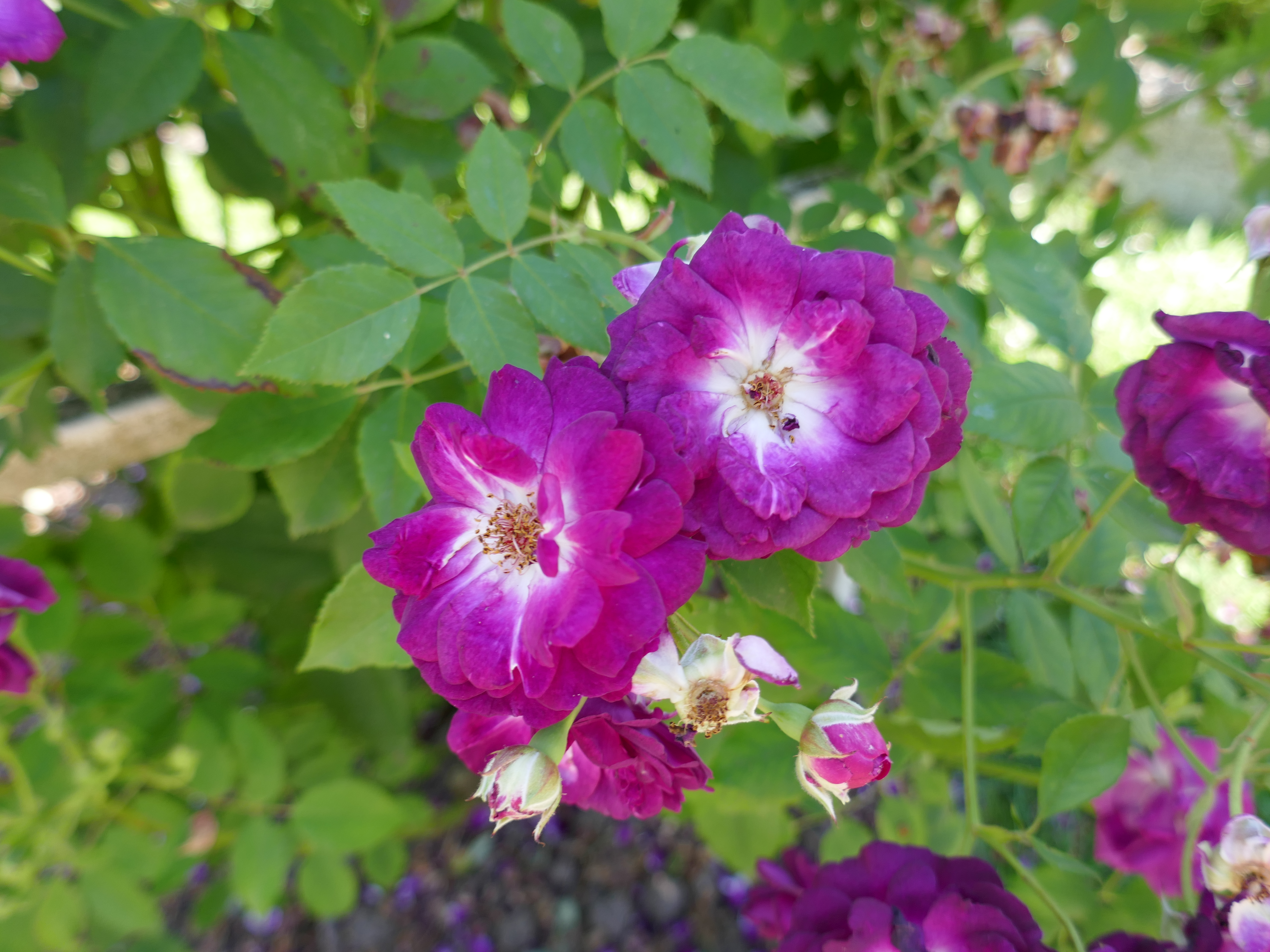
‘Rosengarten Zweibrücken’, Warner, 2011
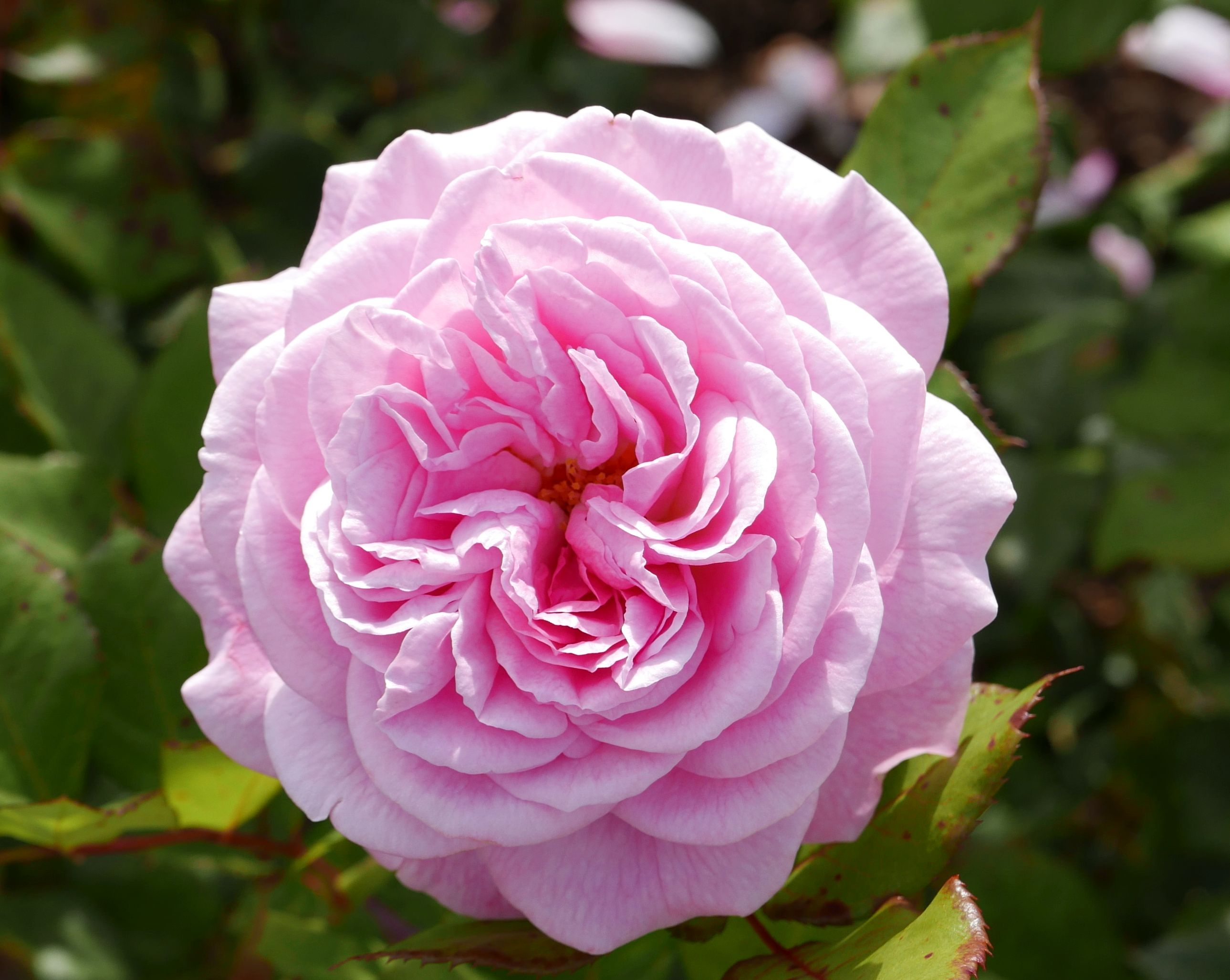
‘Rosengräfin Marie Henriette’, Kordes, 2003
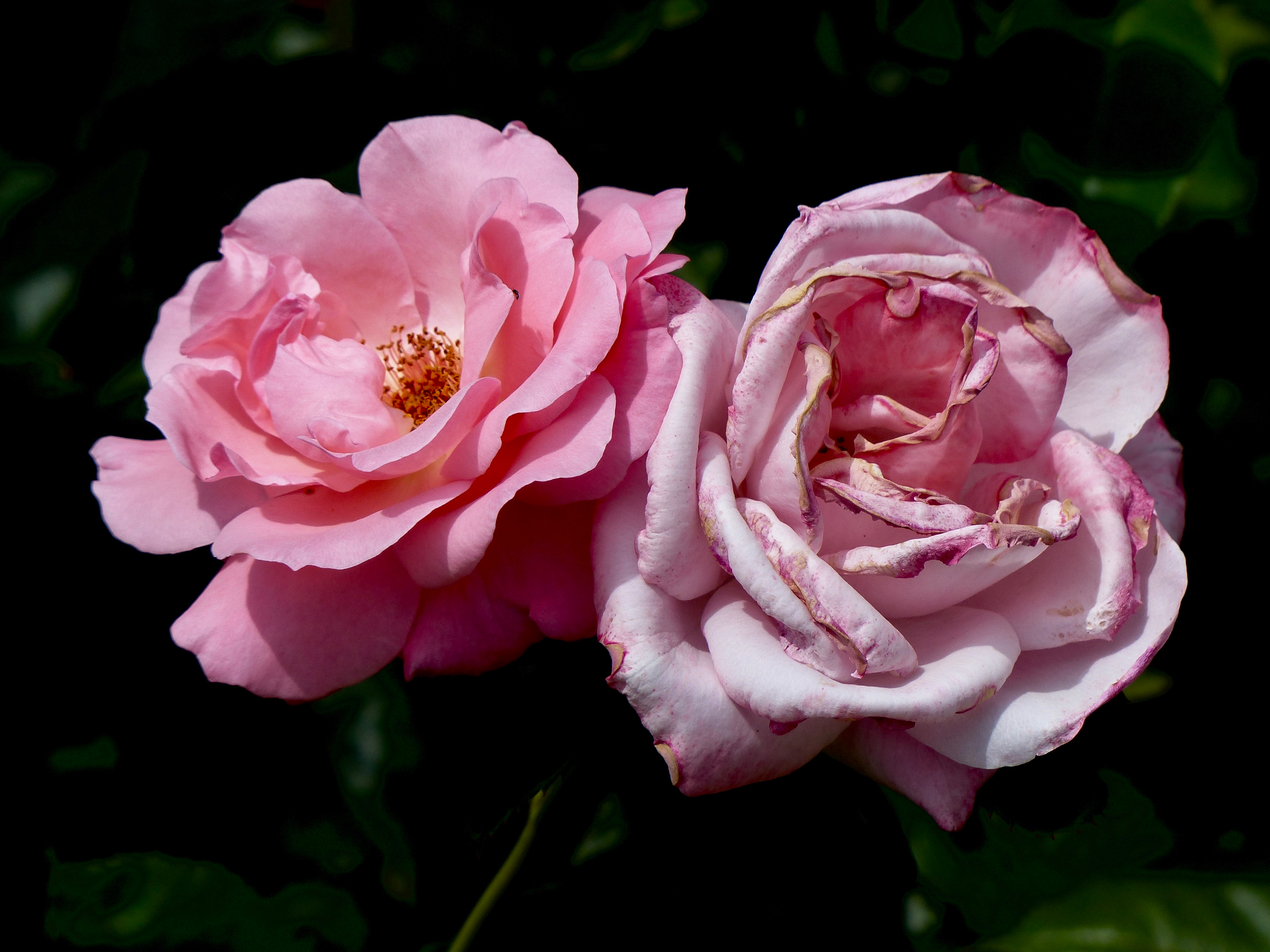
‘Rosenprofessor Sieber’, Kordes, 1997
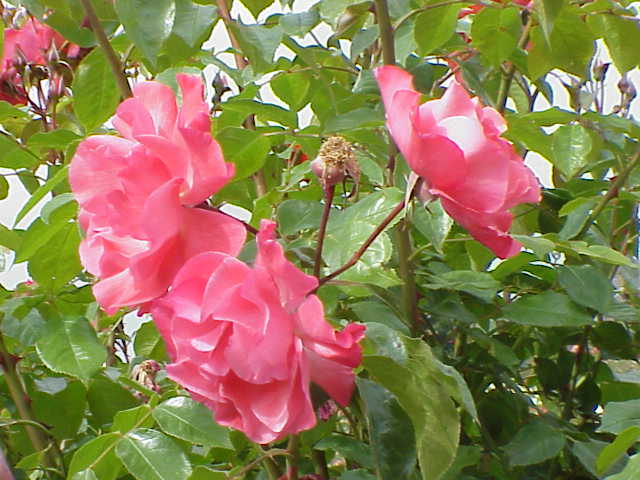
‘Rosenresli’, Kordes, 1986
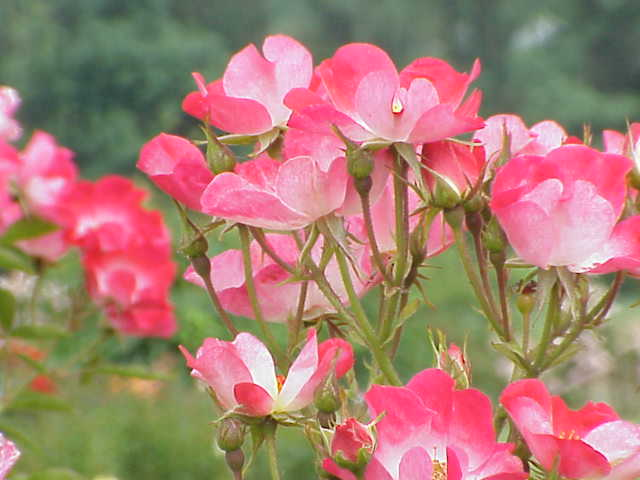
‘Rosenwalzer’, Dickson, 1993
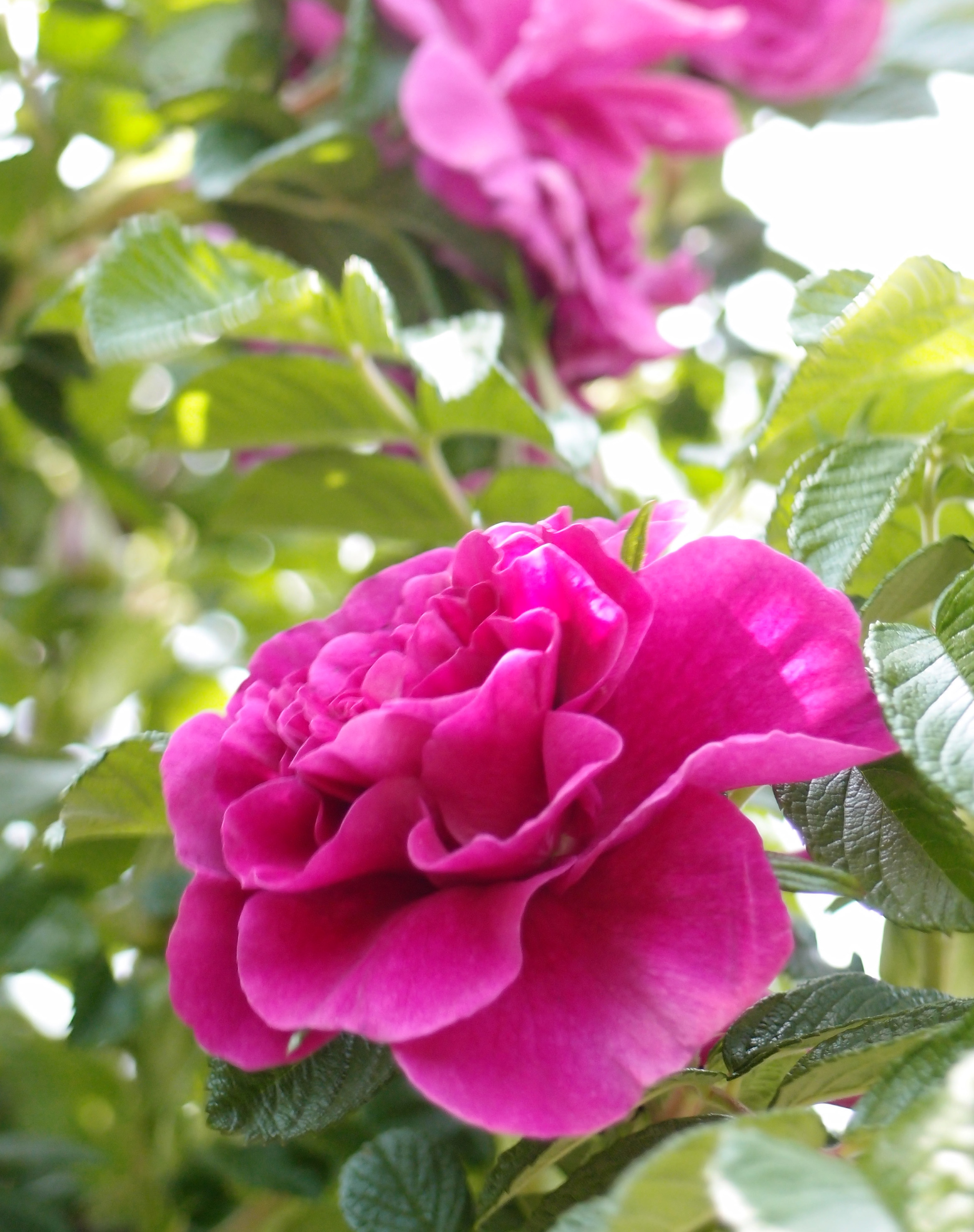
‘Roseraie de l’Hay’, Rosa rugosa, Cochet, 1900
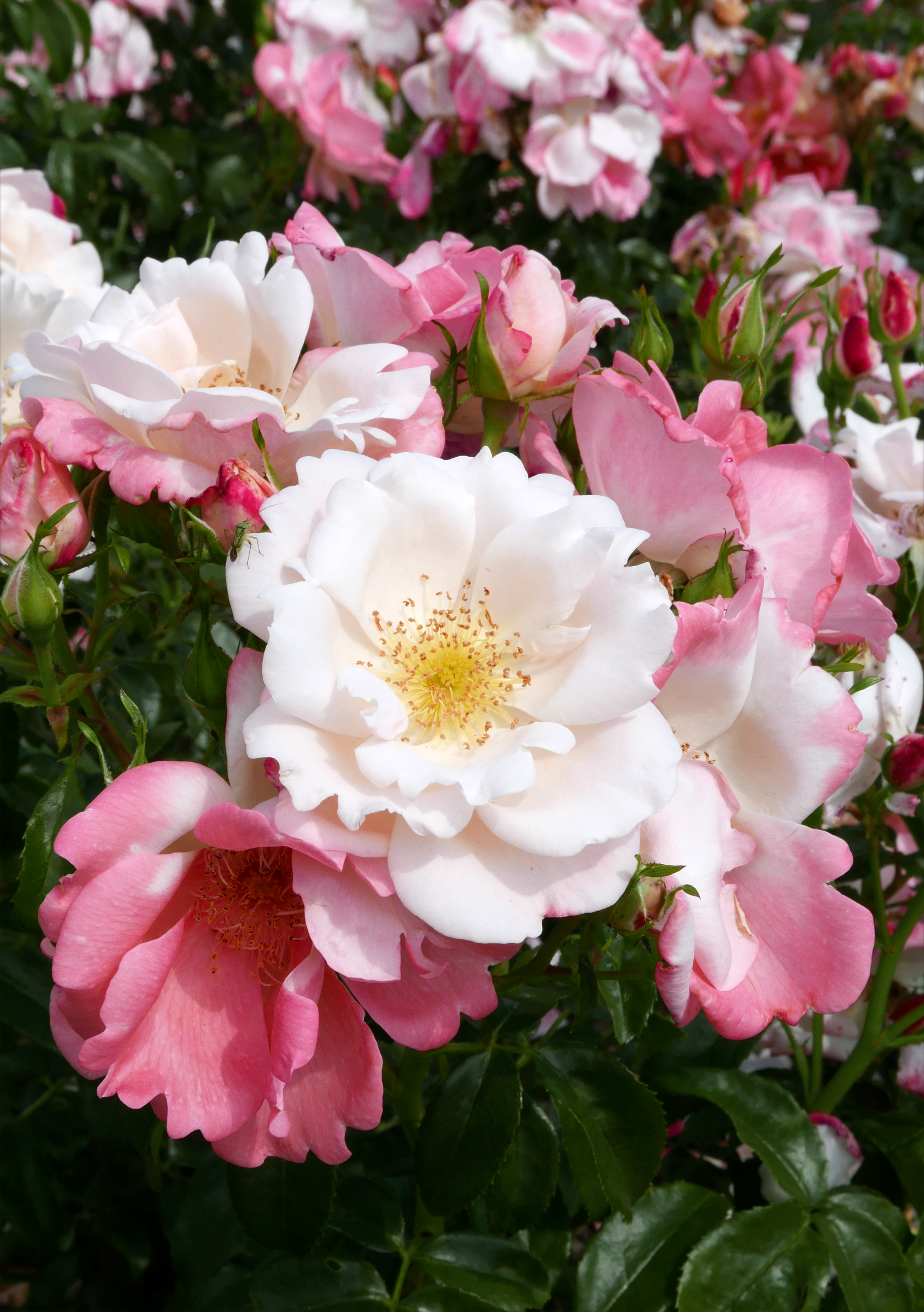
‘Roseromantic’, Kordes, 2014
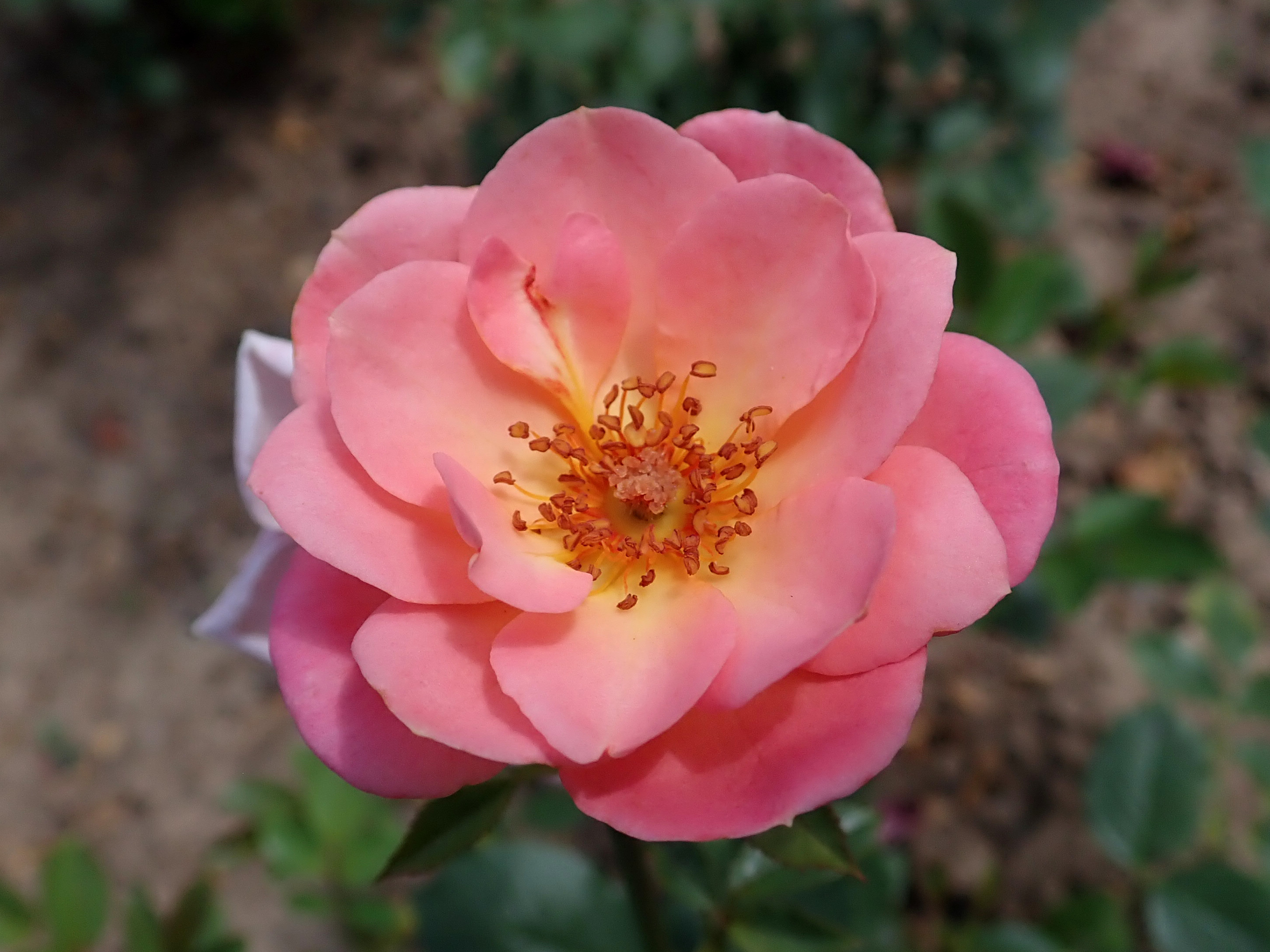
‘Rosi’, Quinto Mansuino, 1965
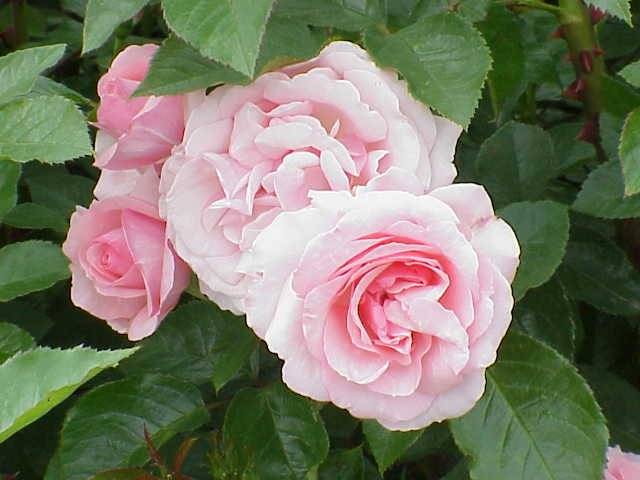
‘Rosika’, Radox Bouquet, Harkness, 1982
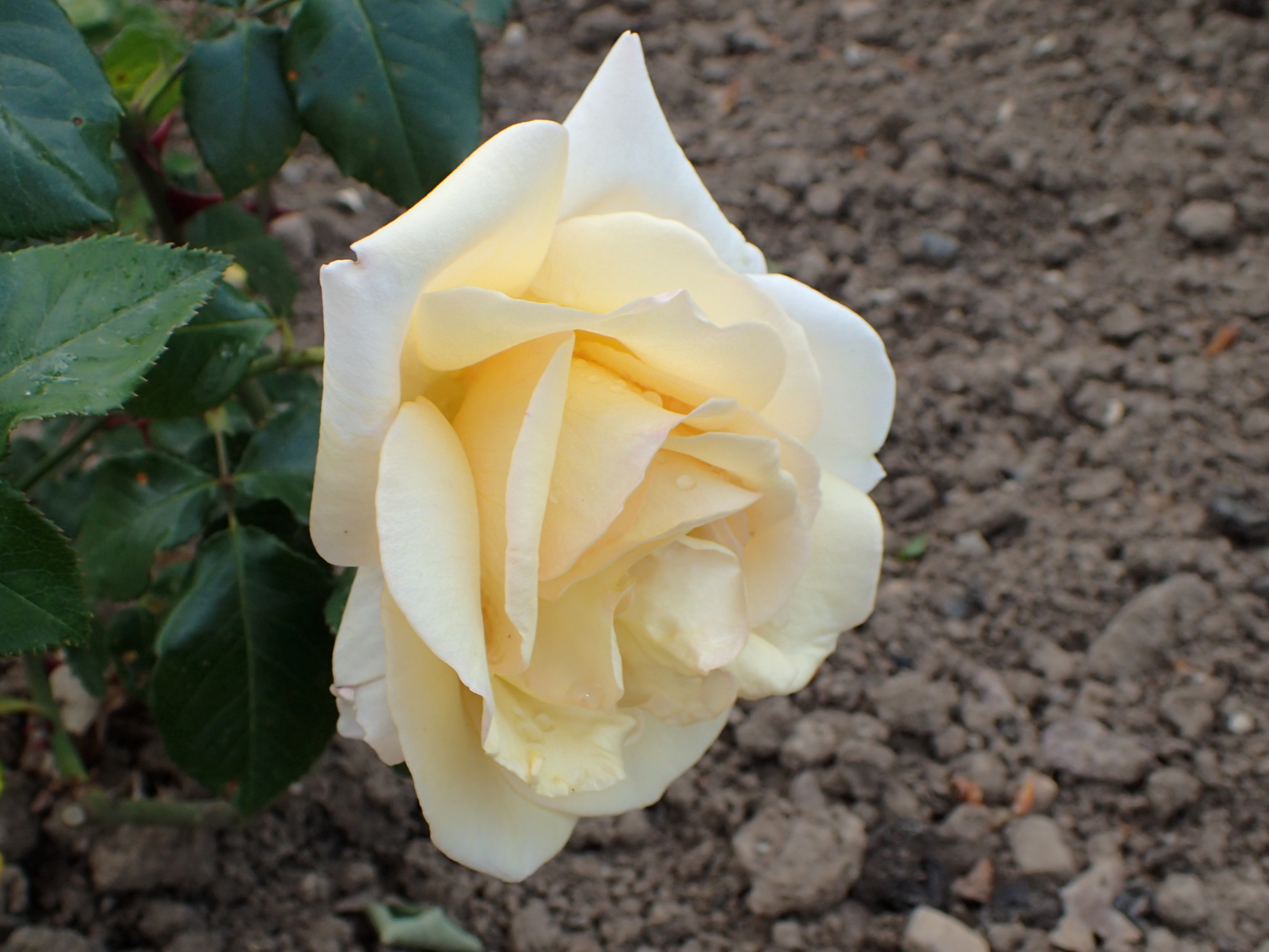
‘Roslyn’, Edward Towill, 1929
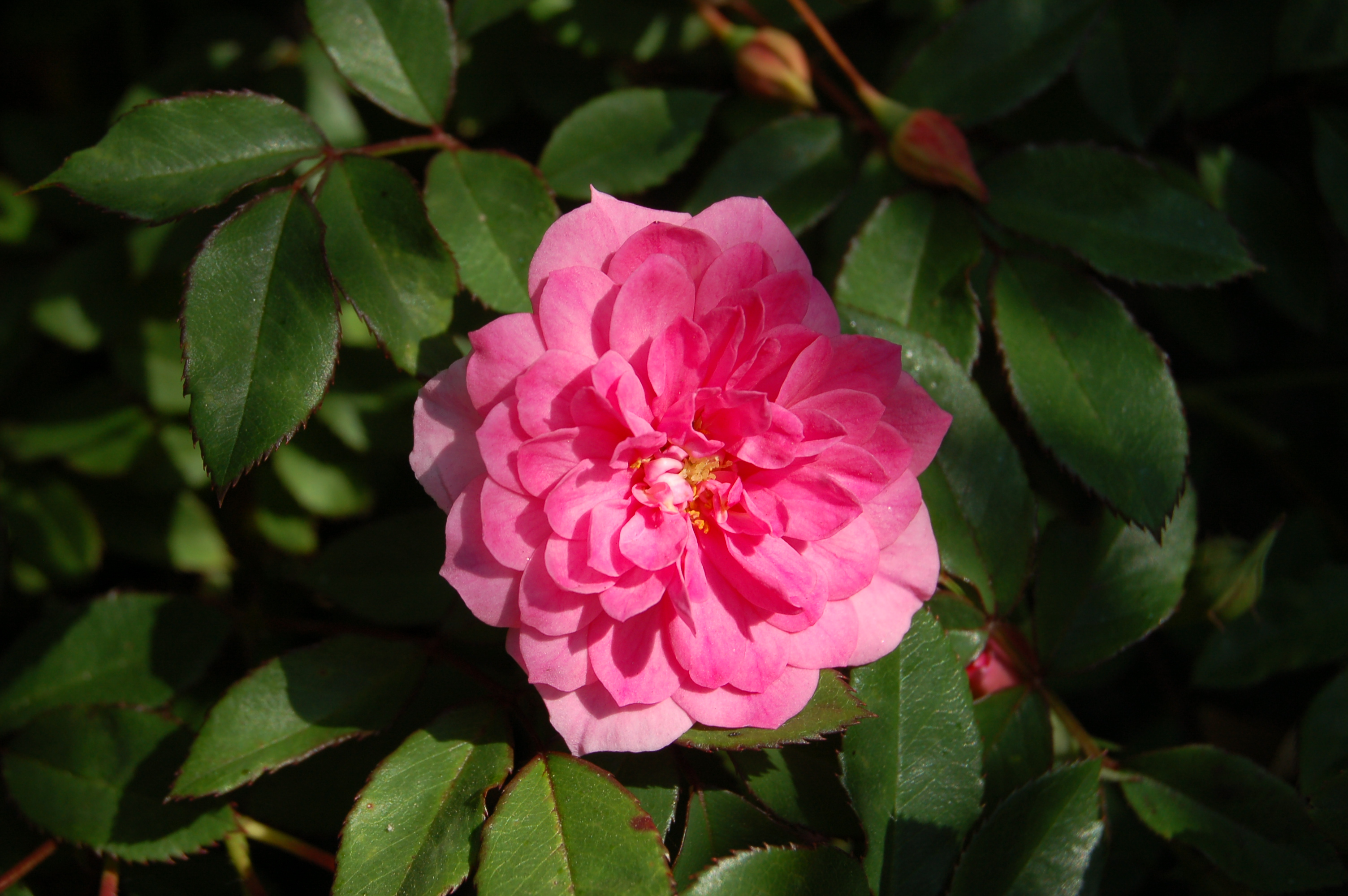
‘Rosmarin 89’, Kordes, 1989
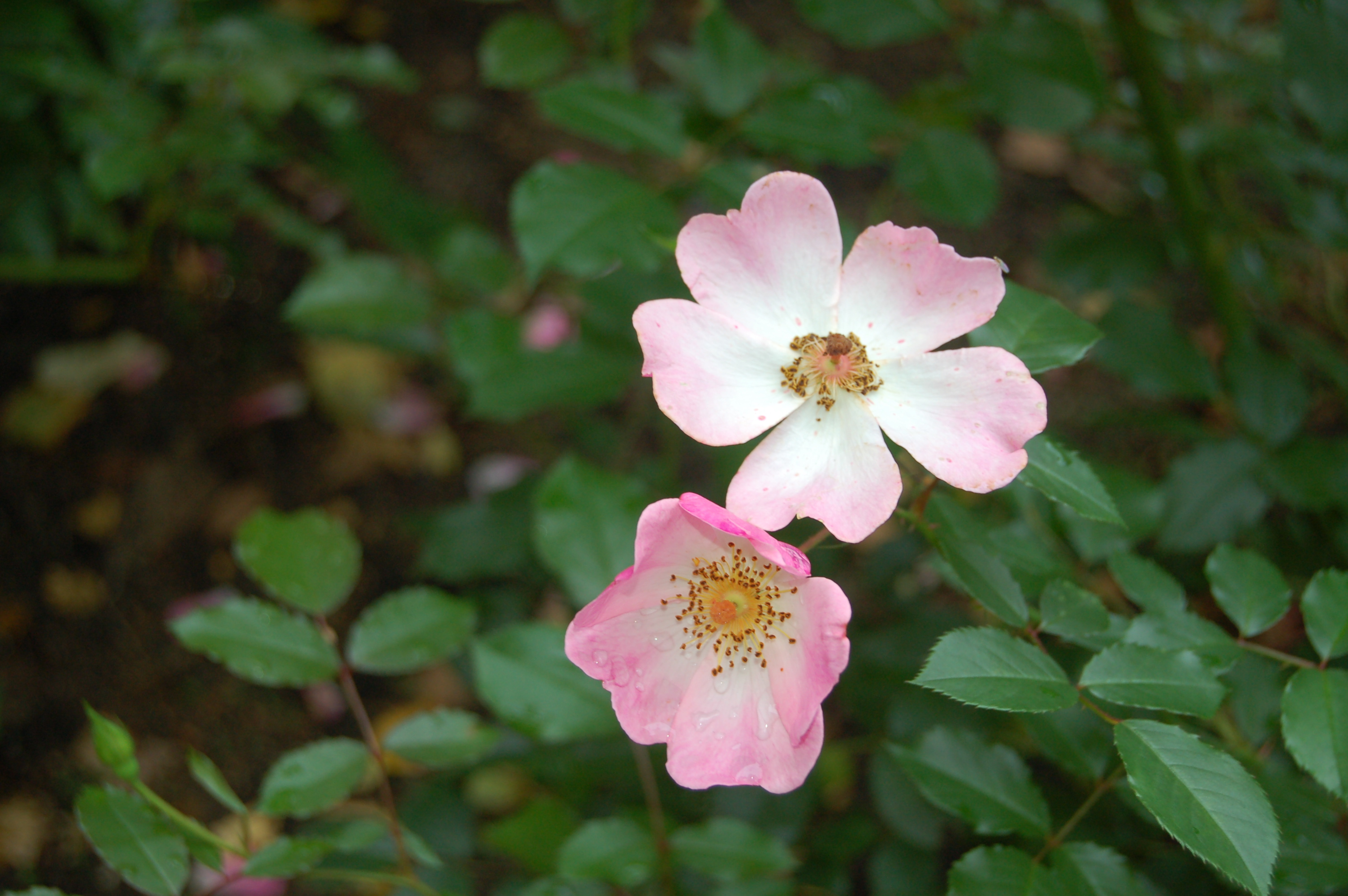
‘Rosy Cushion’, Kordes, 1979
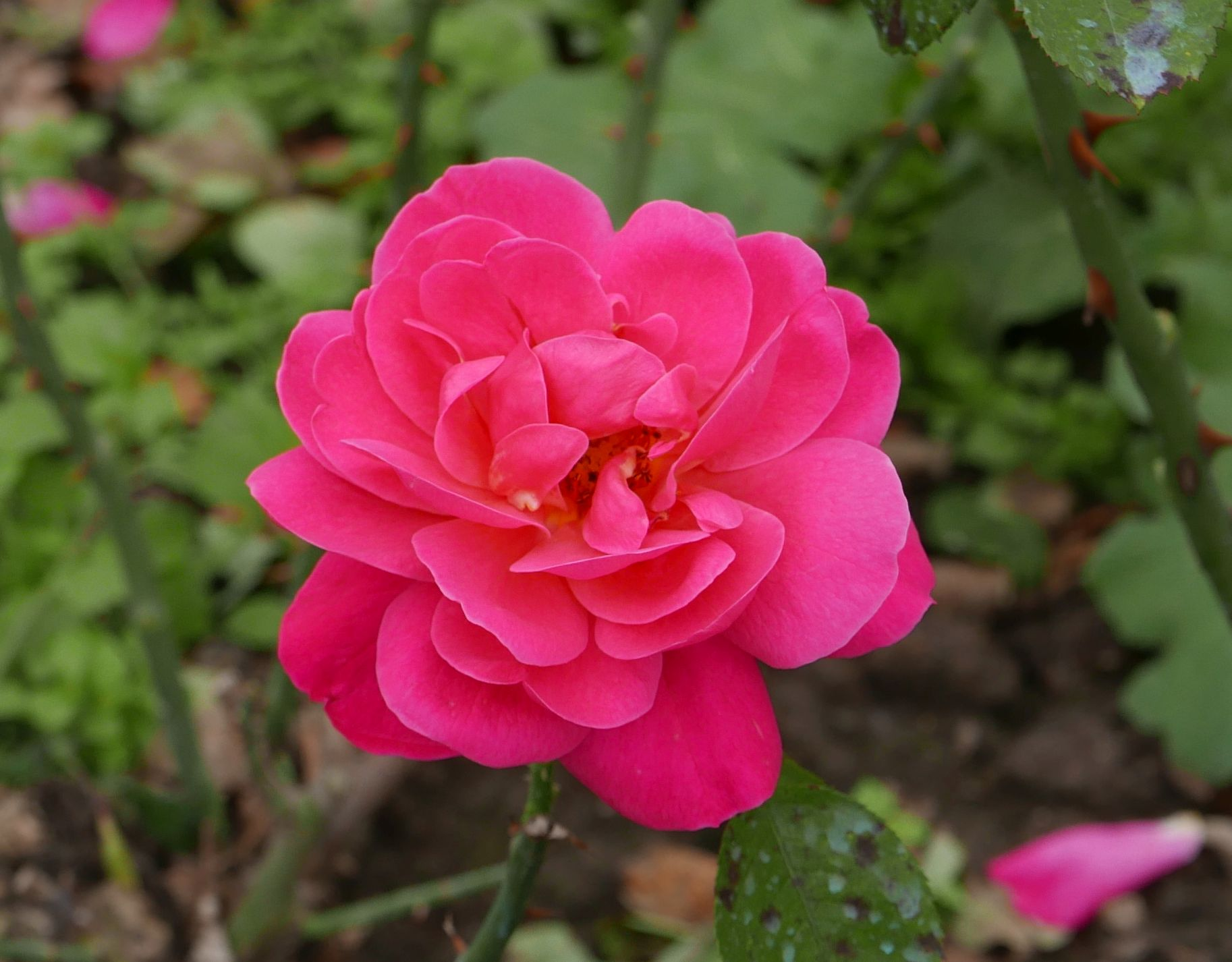
‘Rote Czárdás’, Walter Berger, 1964
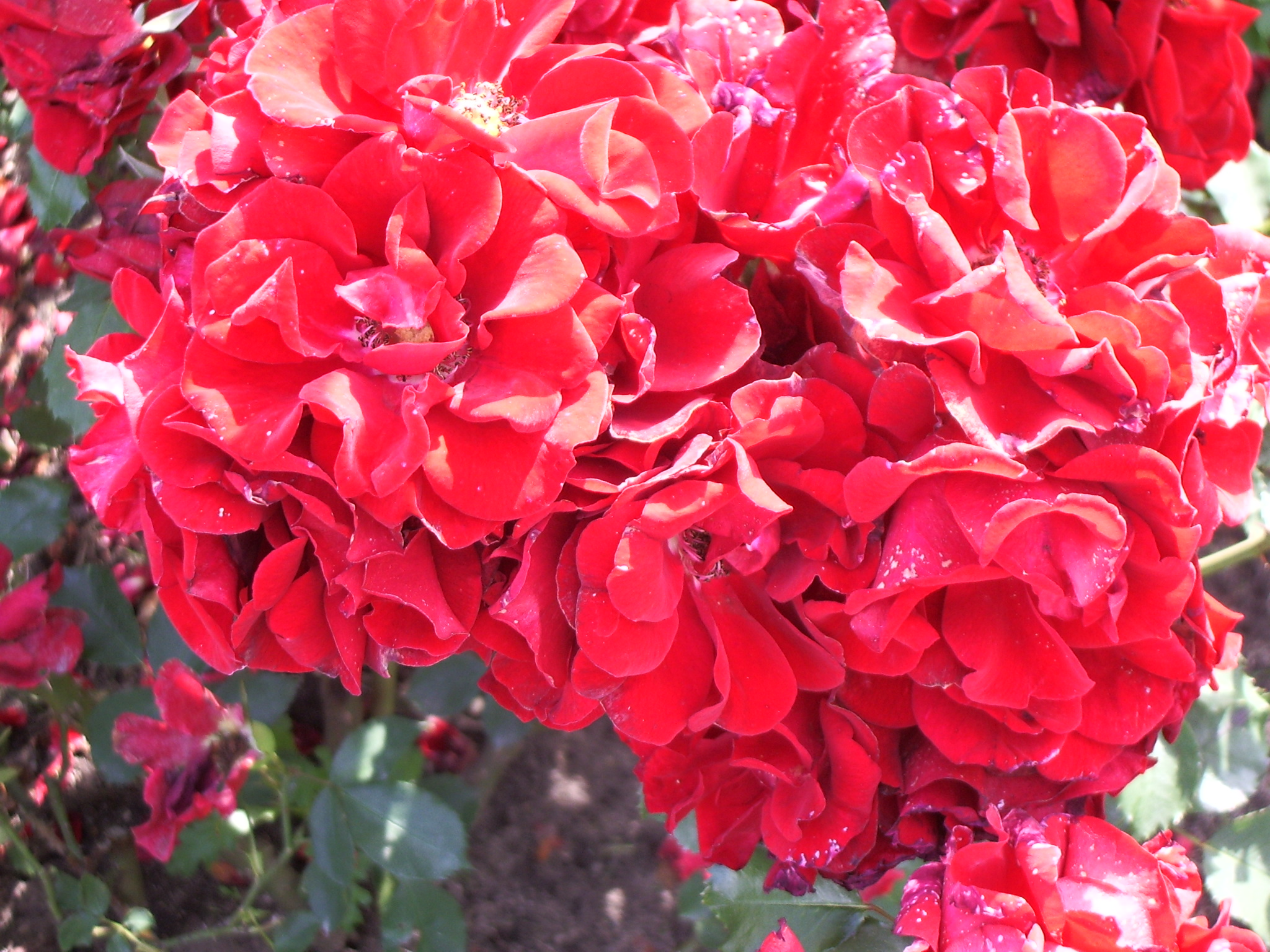
‘Roter Korsar’, Kordes, 2004
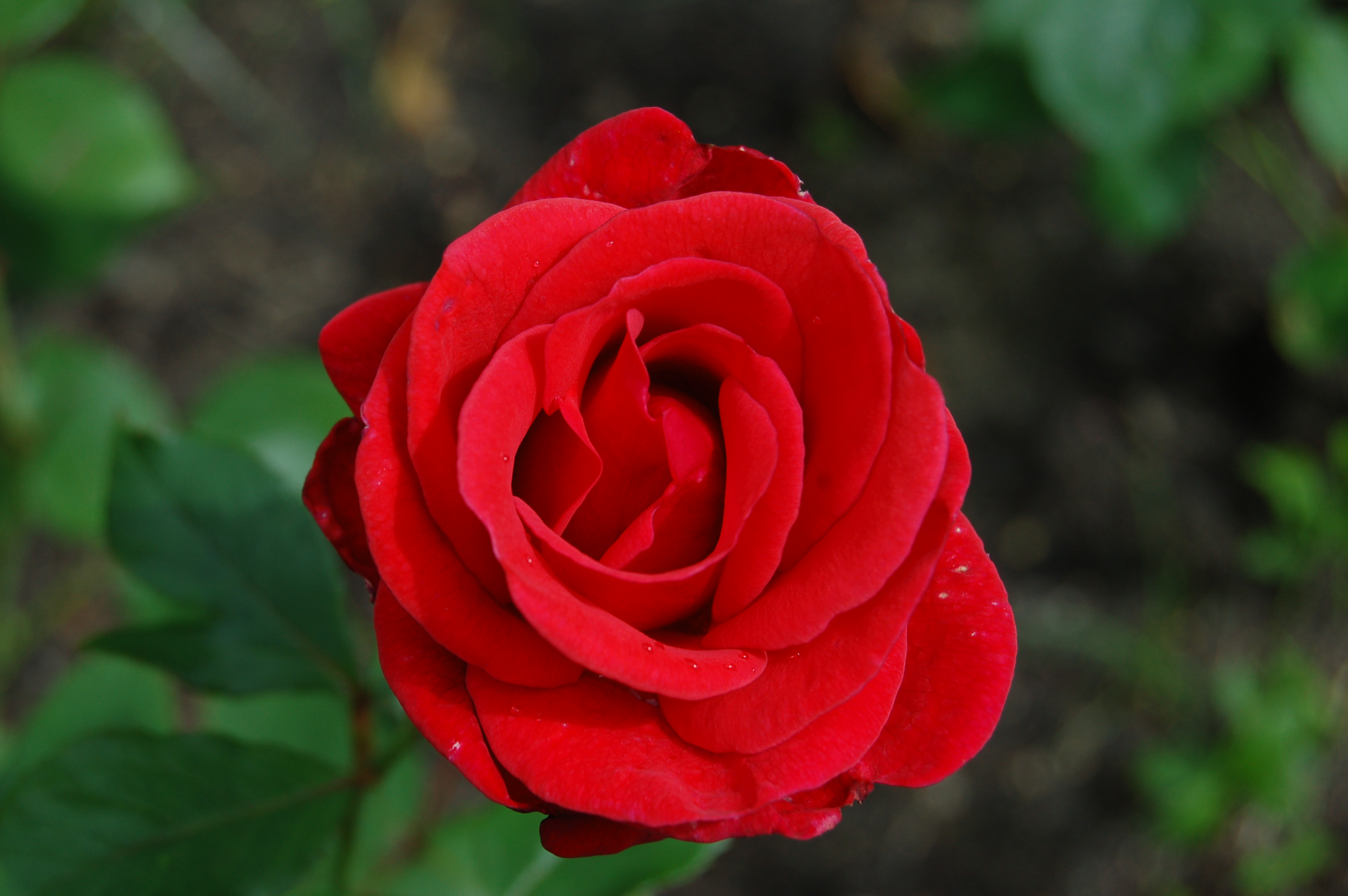
‘Roter Stern’, Kölle, 1958
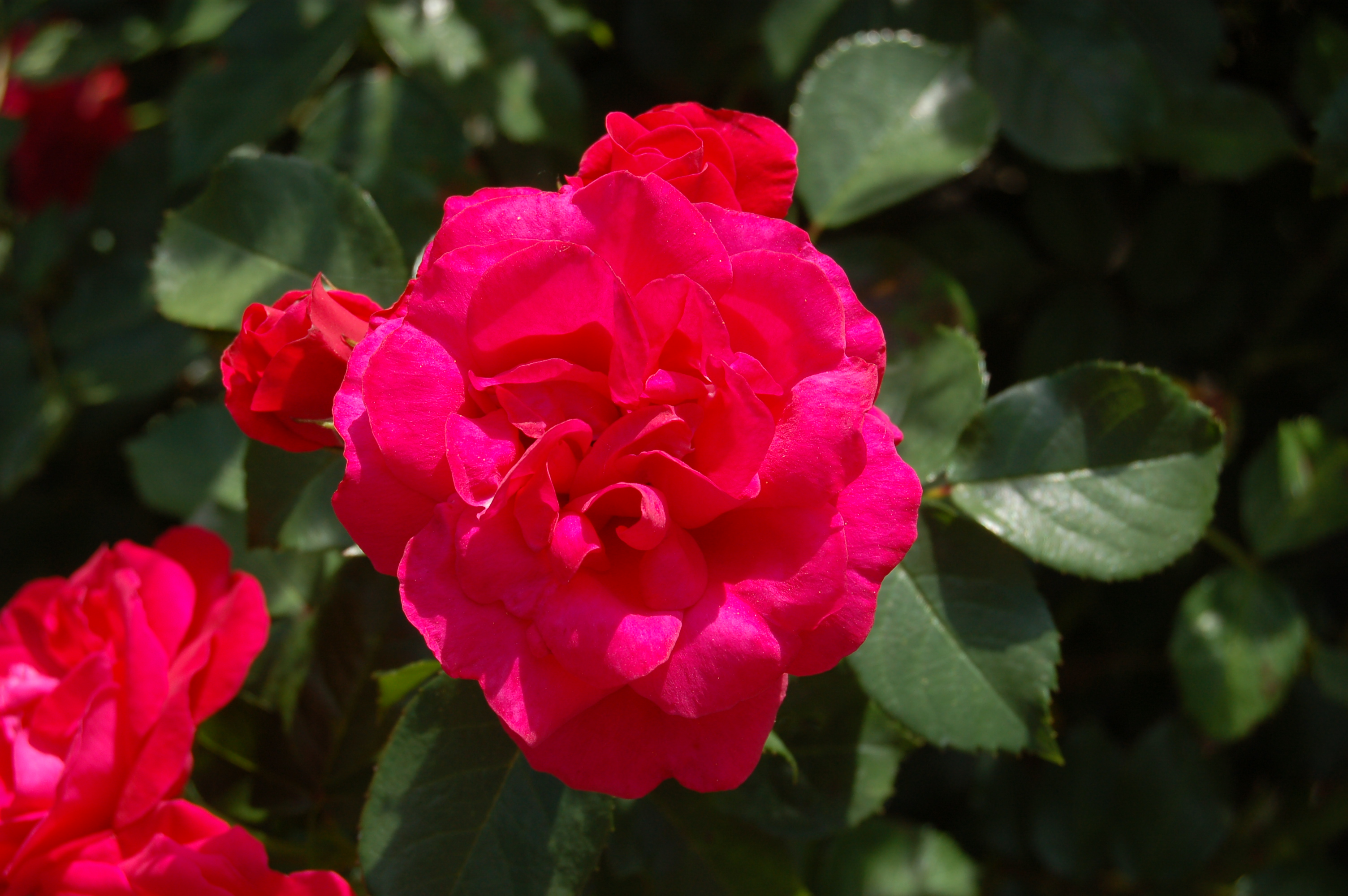
‘Rote Woge’, Meilland, 1990
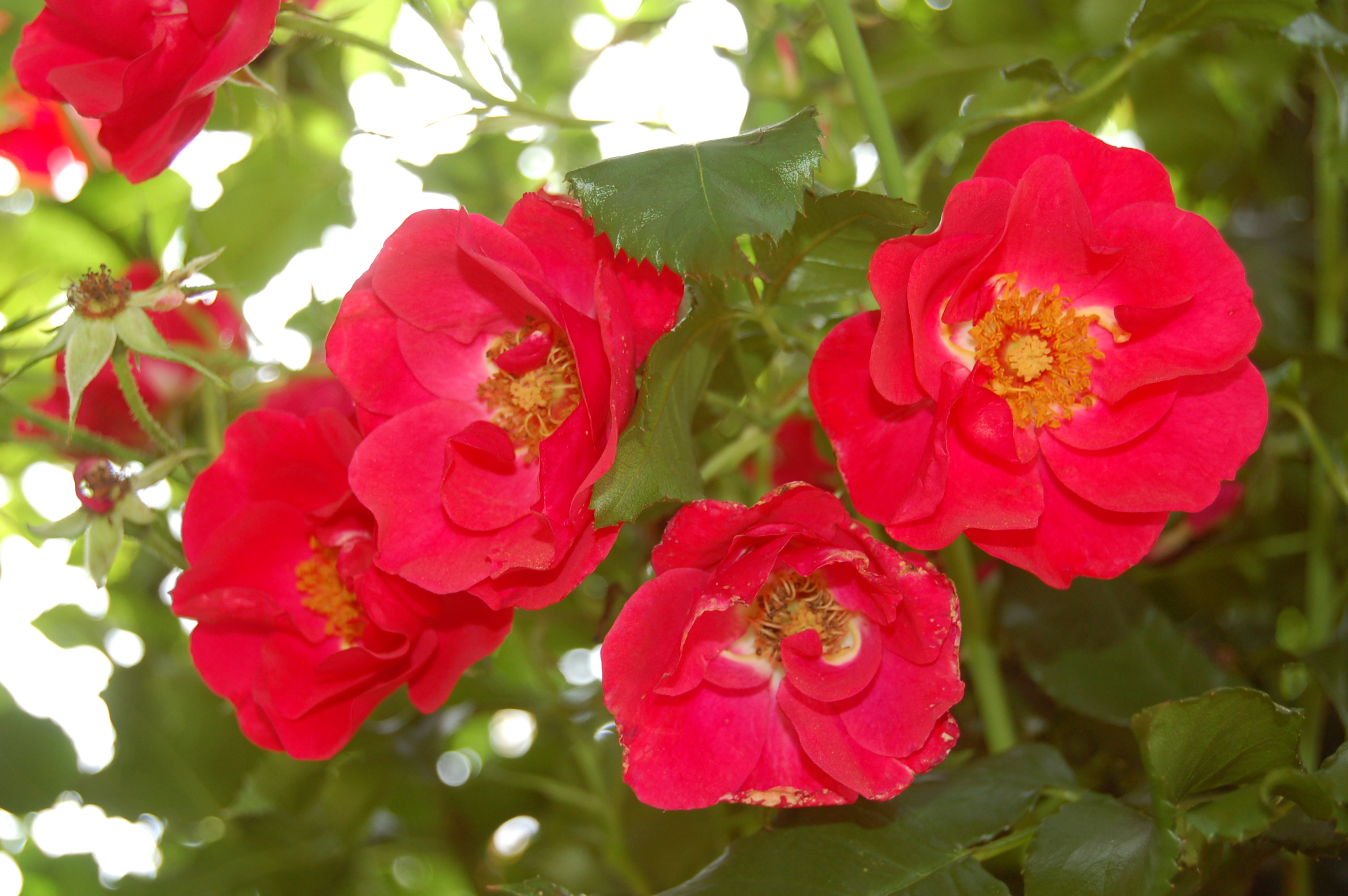
‘Rotfassade’, Noack, 1997
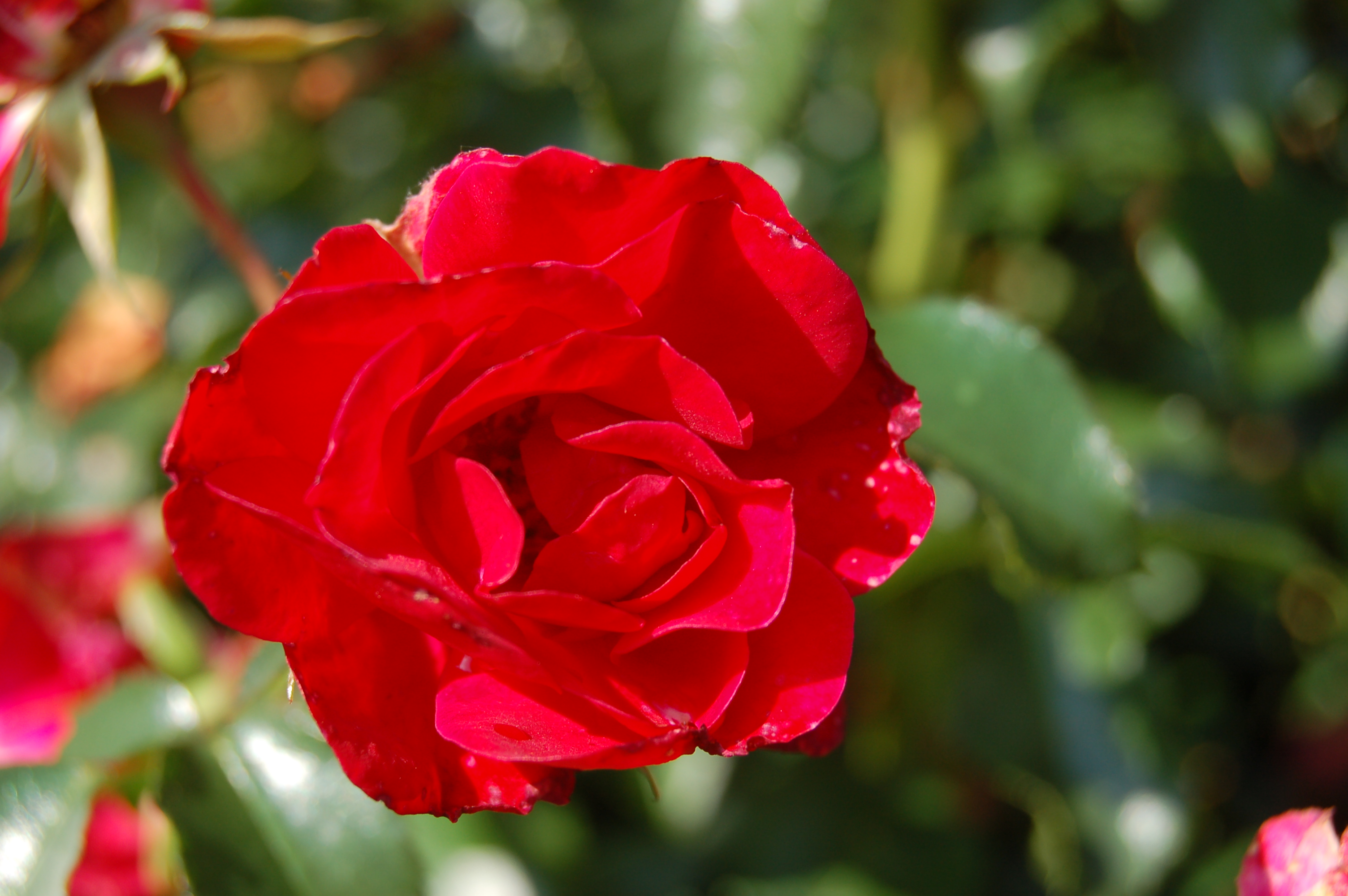
‘Rotilia’, Kordes, 2000
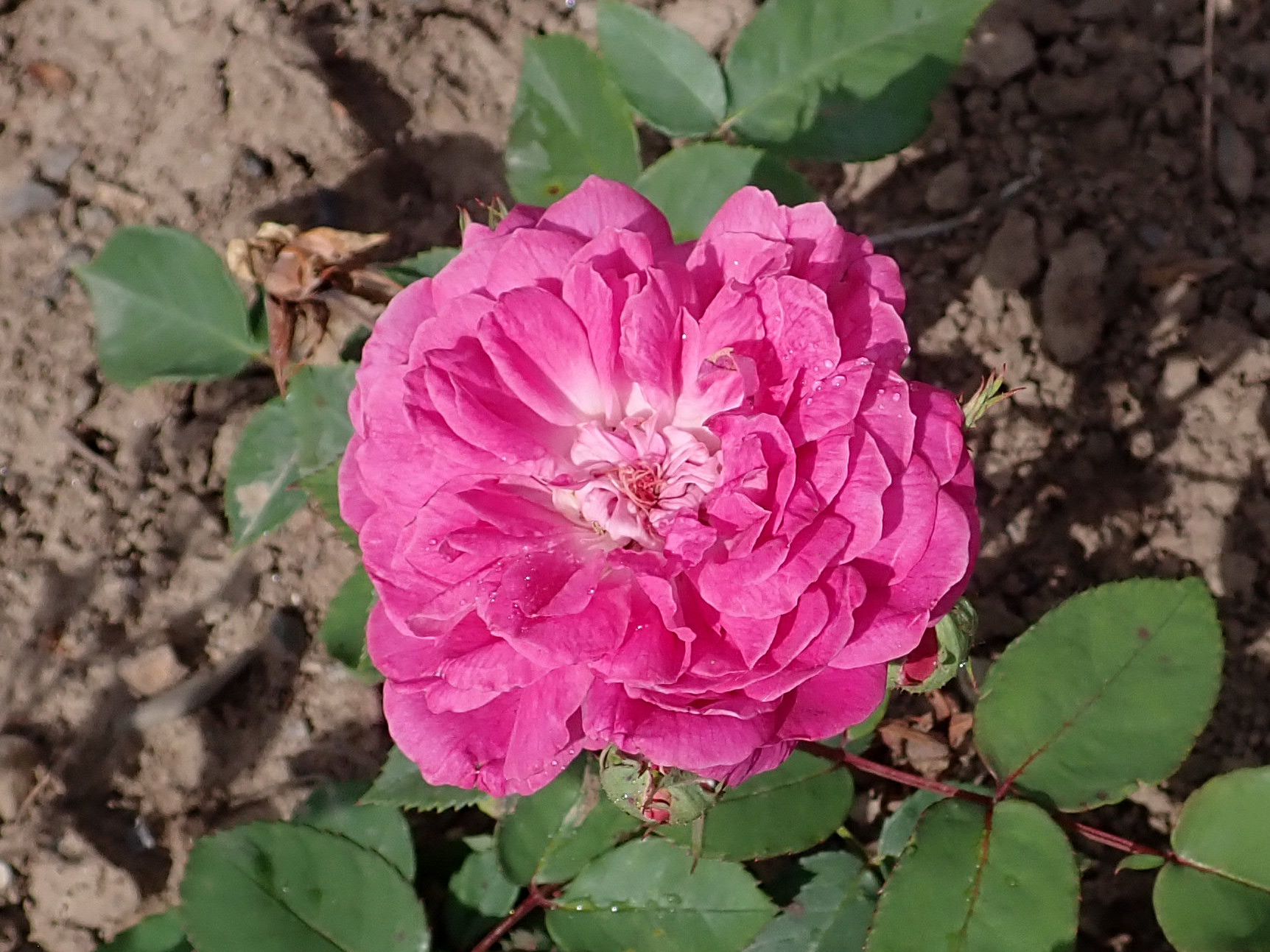
‘Rotkäppchen’, Geschwind, 1887
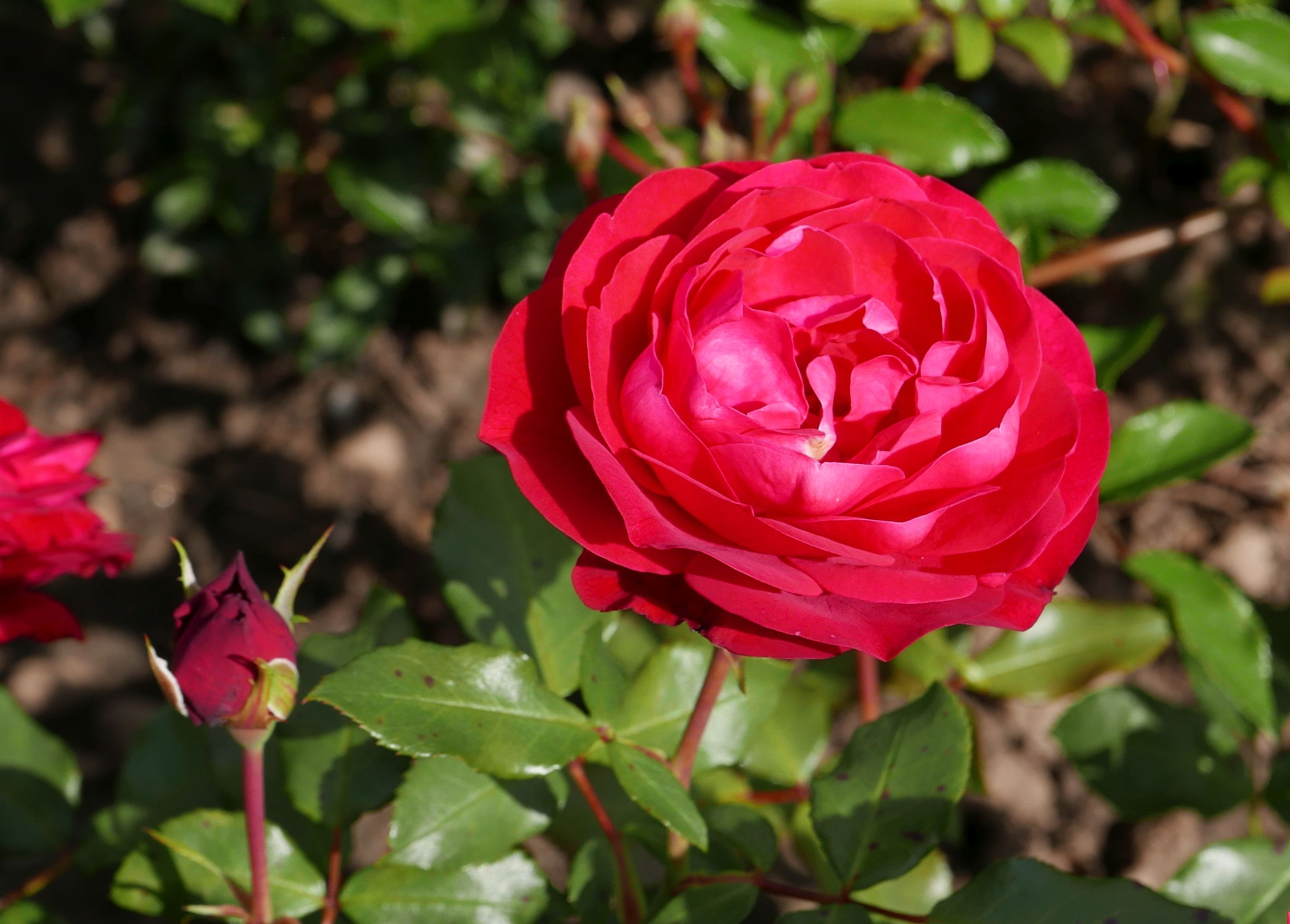
‘Rouge Meilove’, Meilland-Richardier, 2003
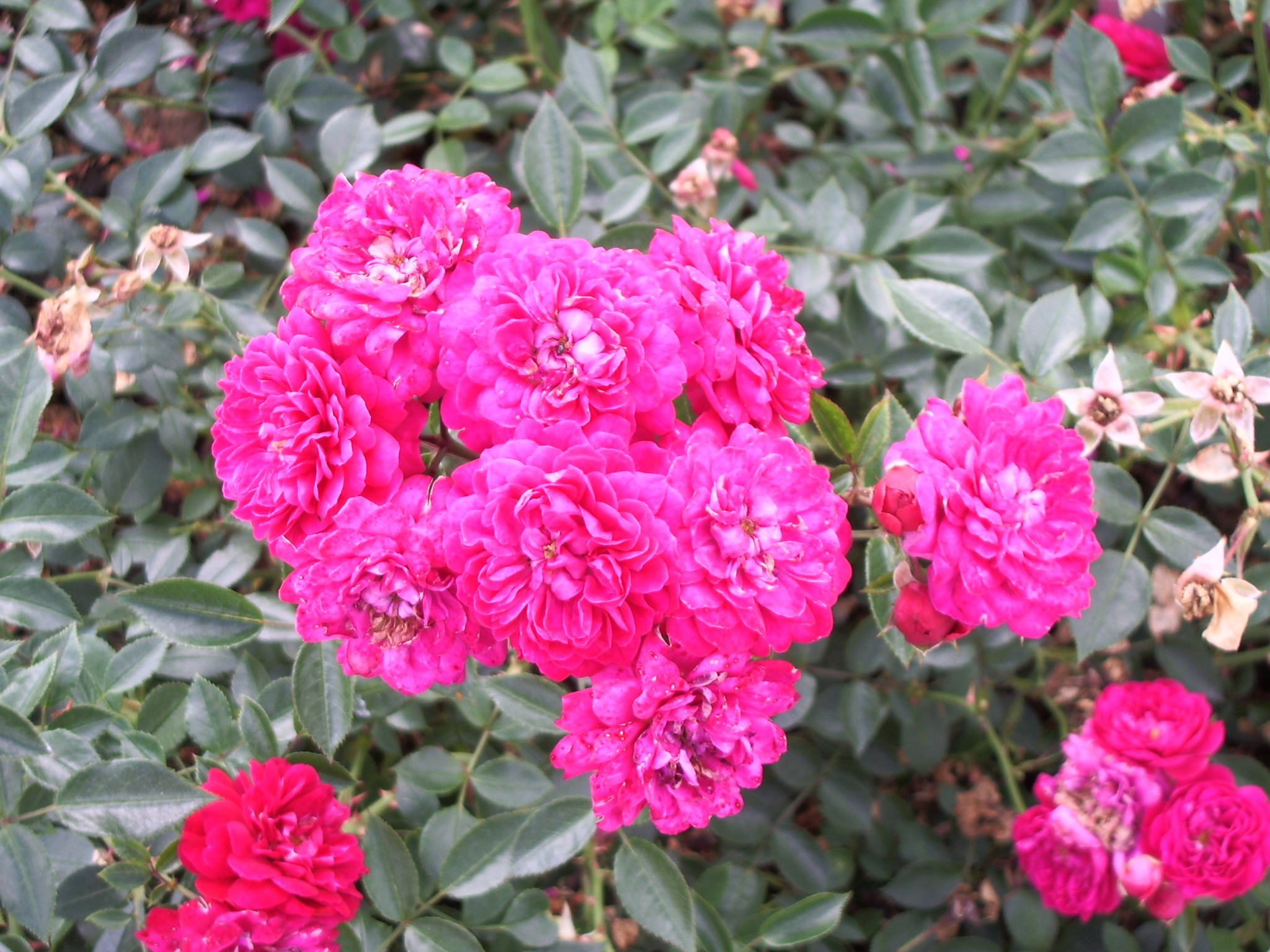
‘Roxy’, Kordes, 2007
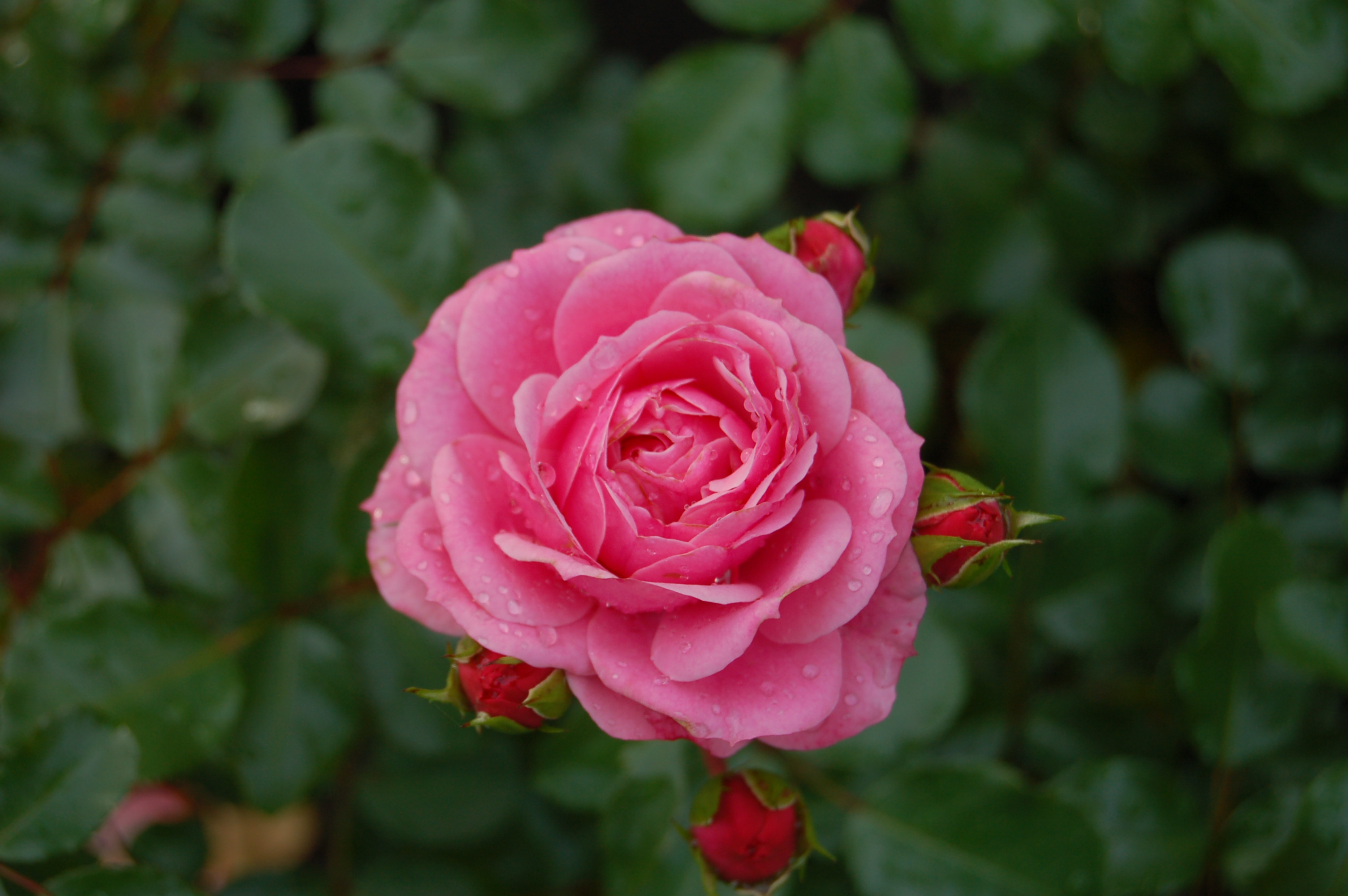
‘Royal Bonica’, Meilland/Martens, 1992
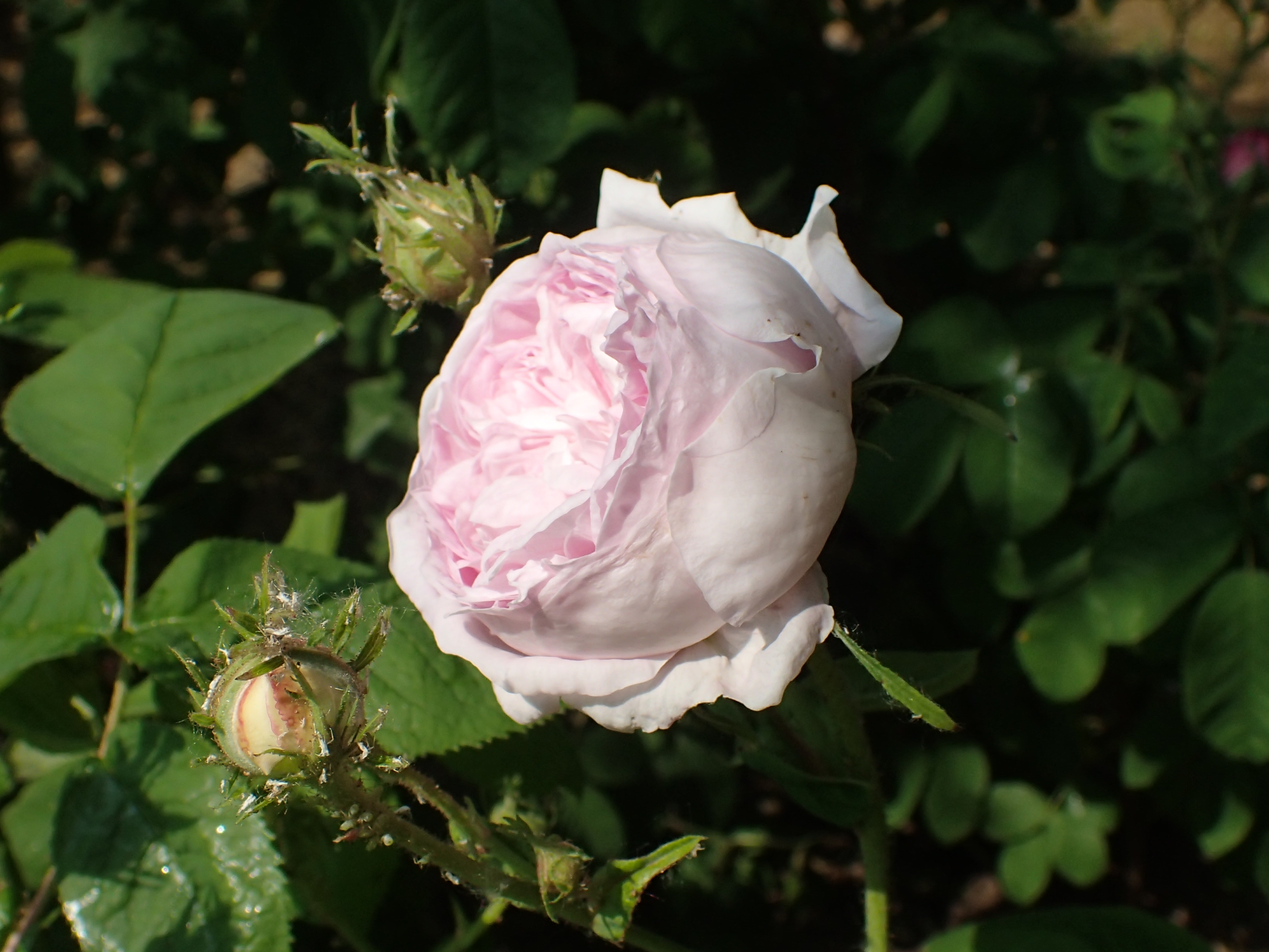
‘Royal Marbré’, Moreau & Robert, 1851
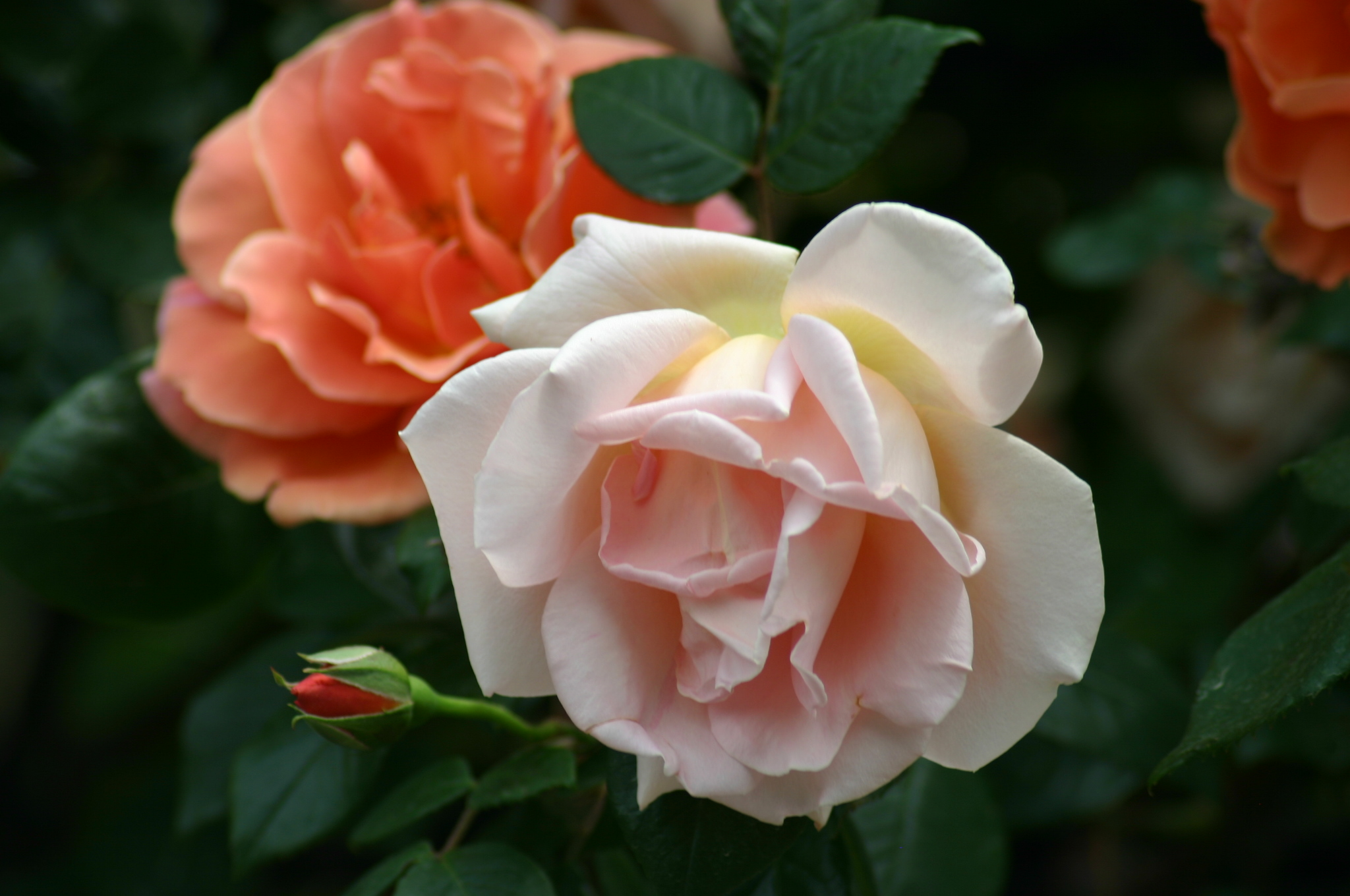
‘Royal Sunset’, Dennison H. Morey, 1960
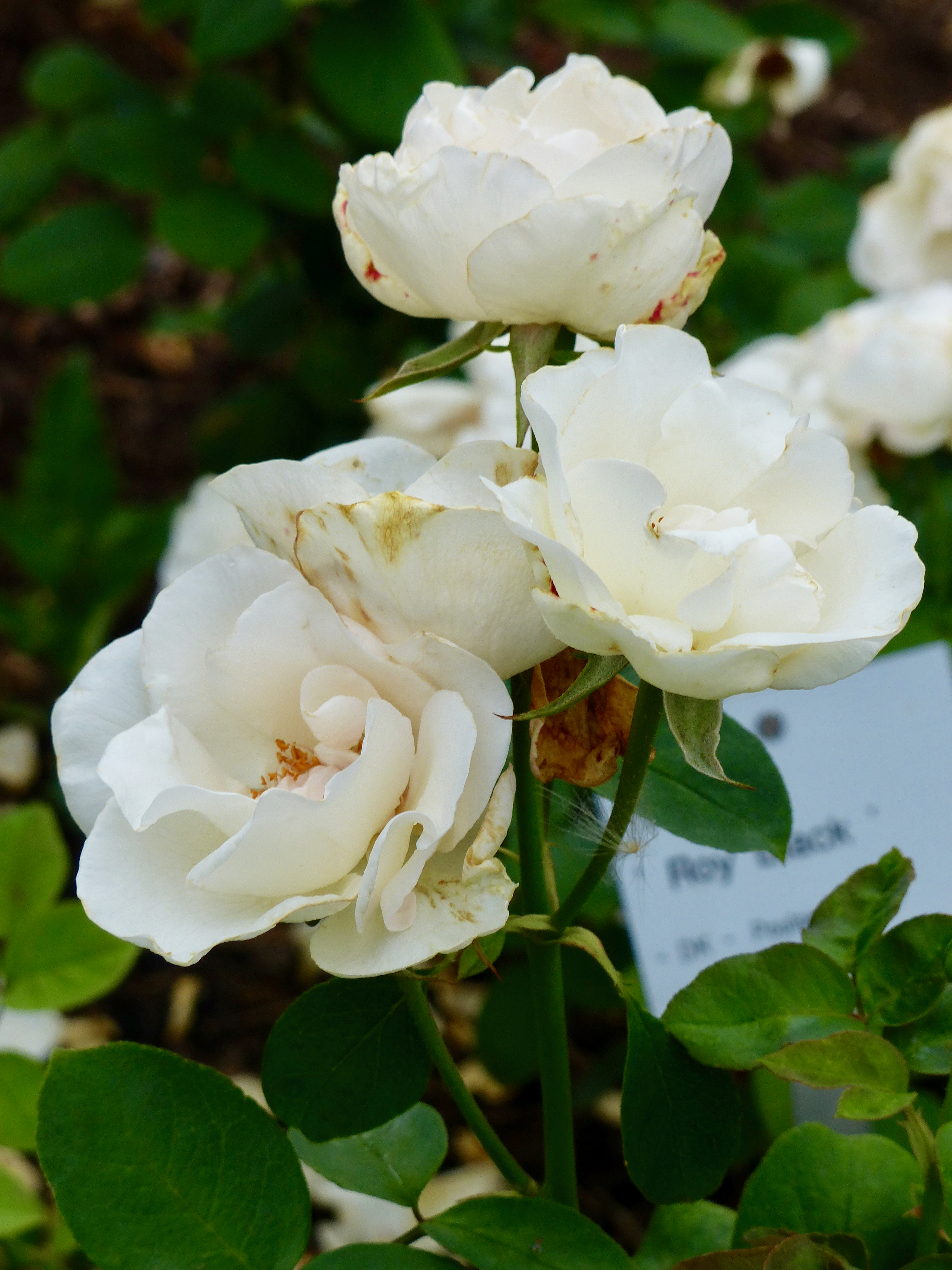
‘Roy Black’, Olesen, 1990
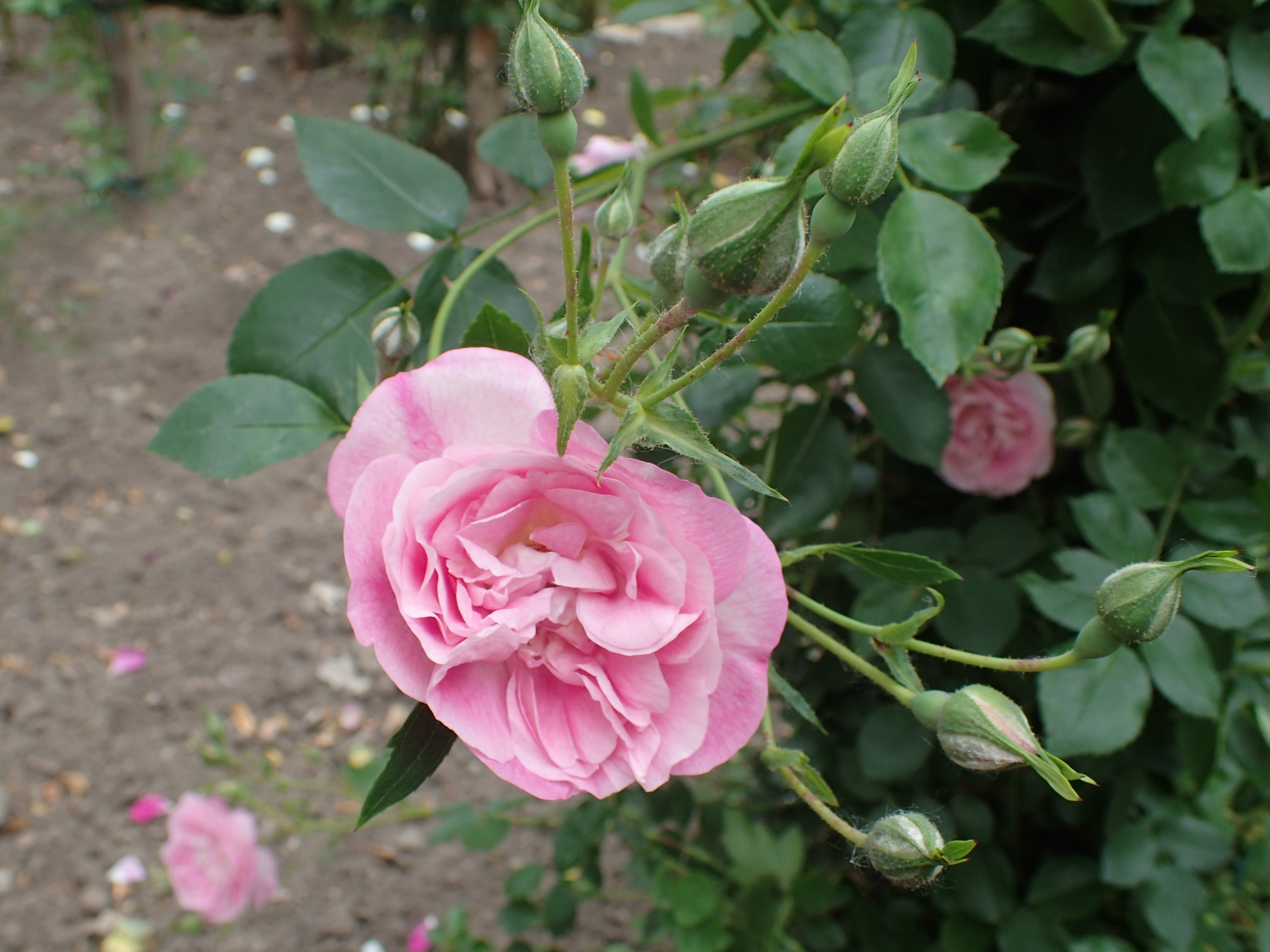
‘Ruby Queen’, Manda, 1900
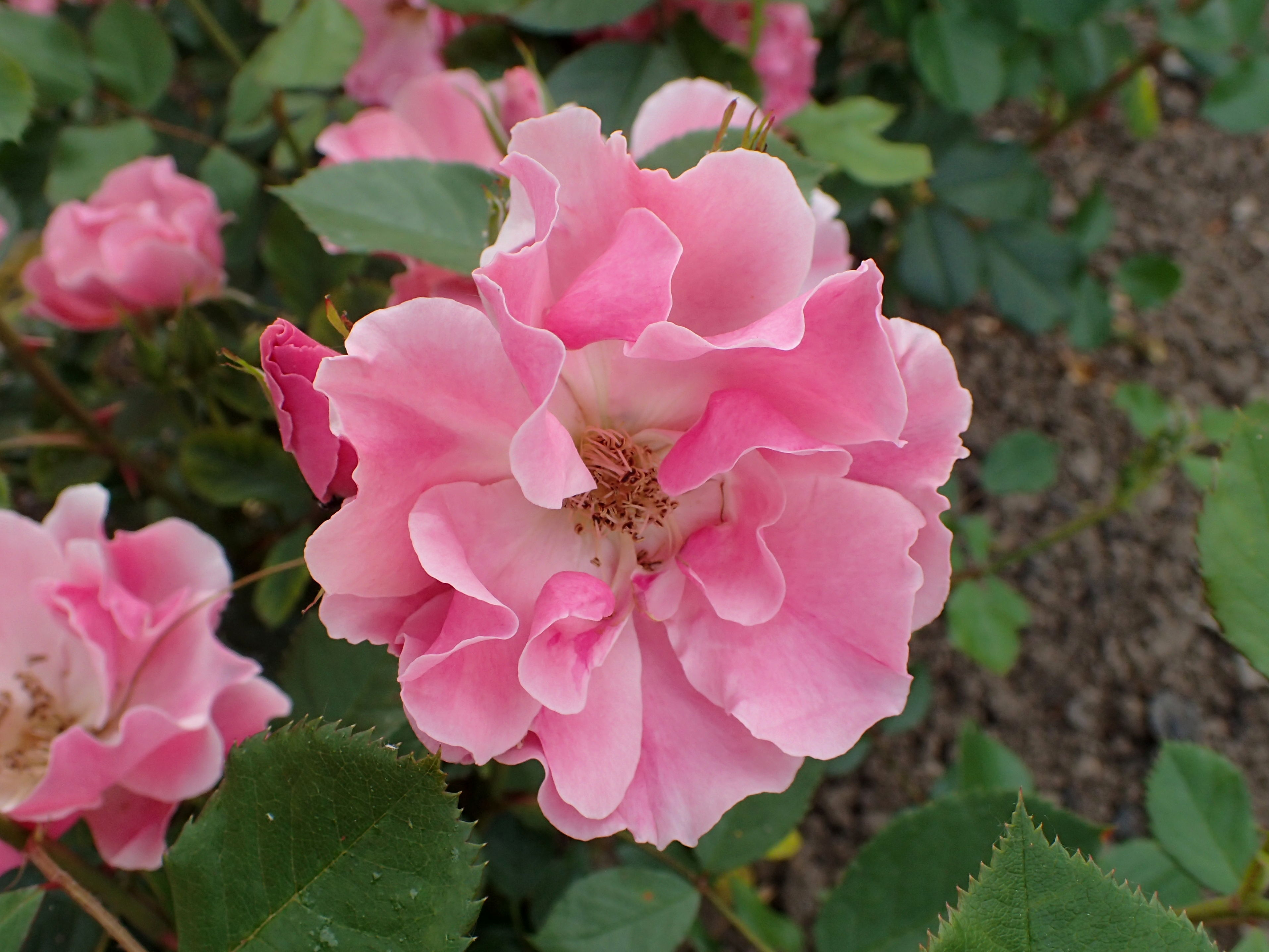
‘Rudolph Timm’, Kordes, 1951
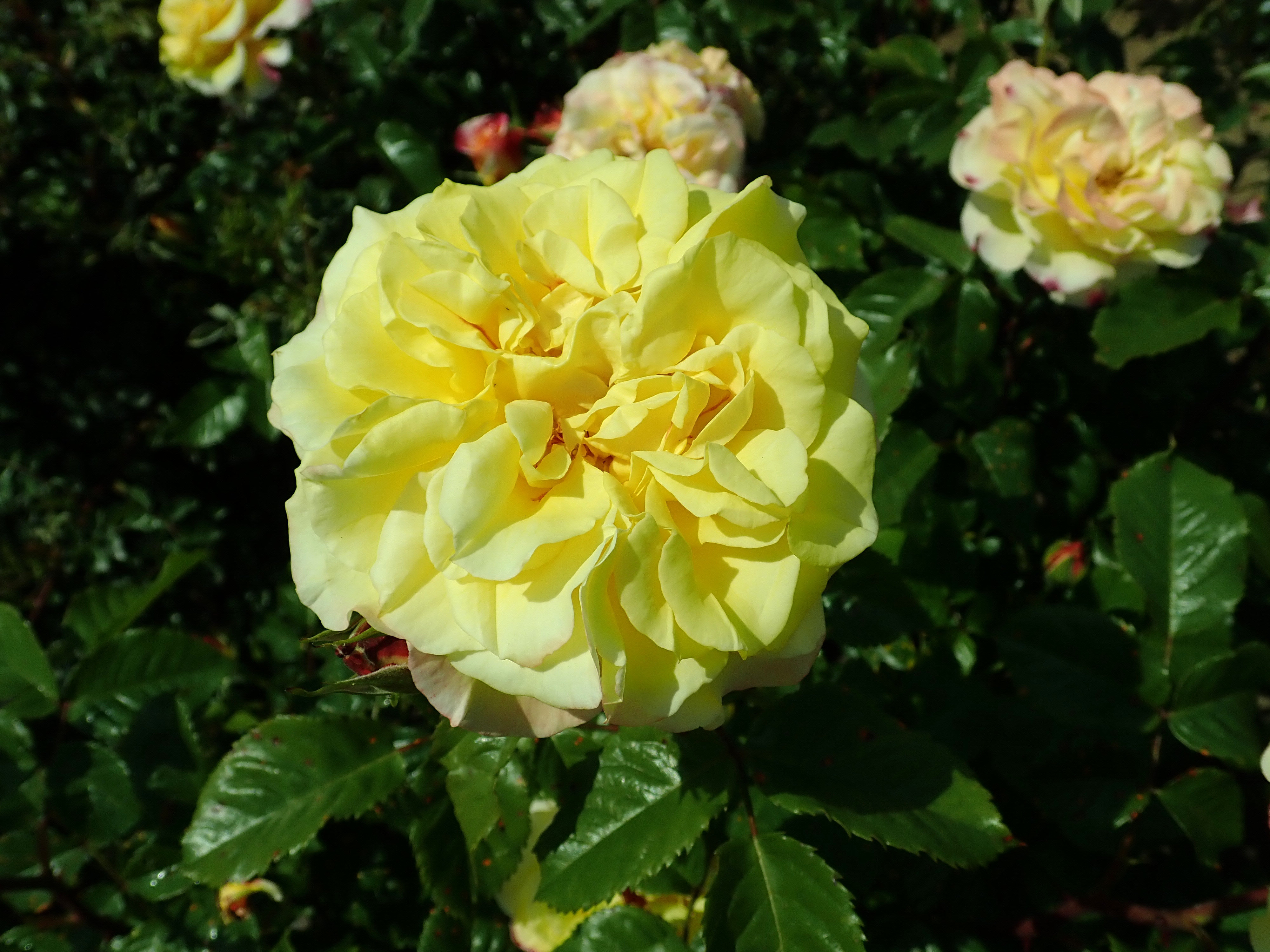
‘Rugelda’, Kordes, 1989
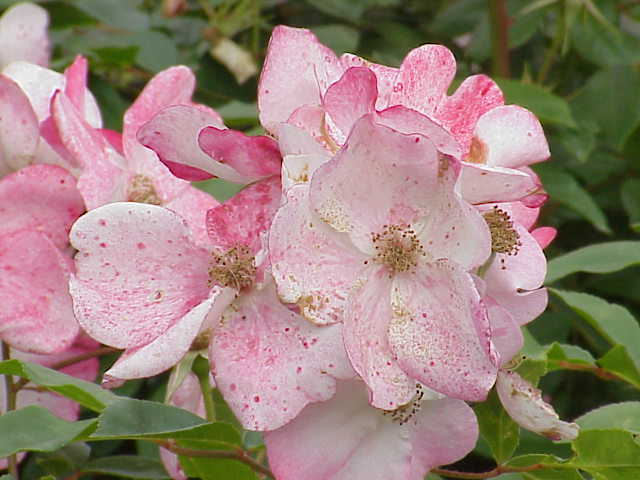
‘Rush’, Lens, 1989
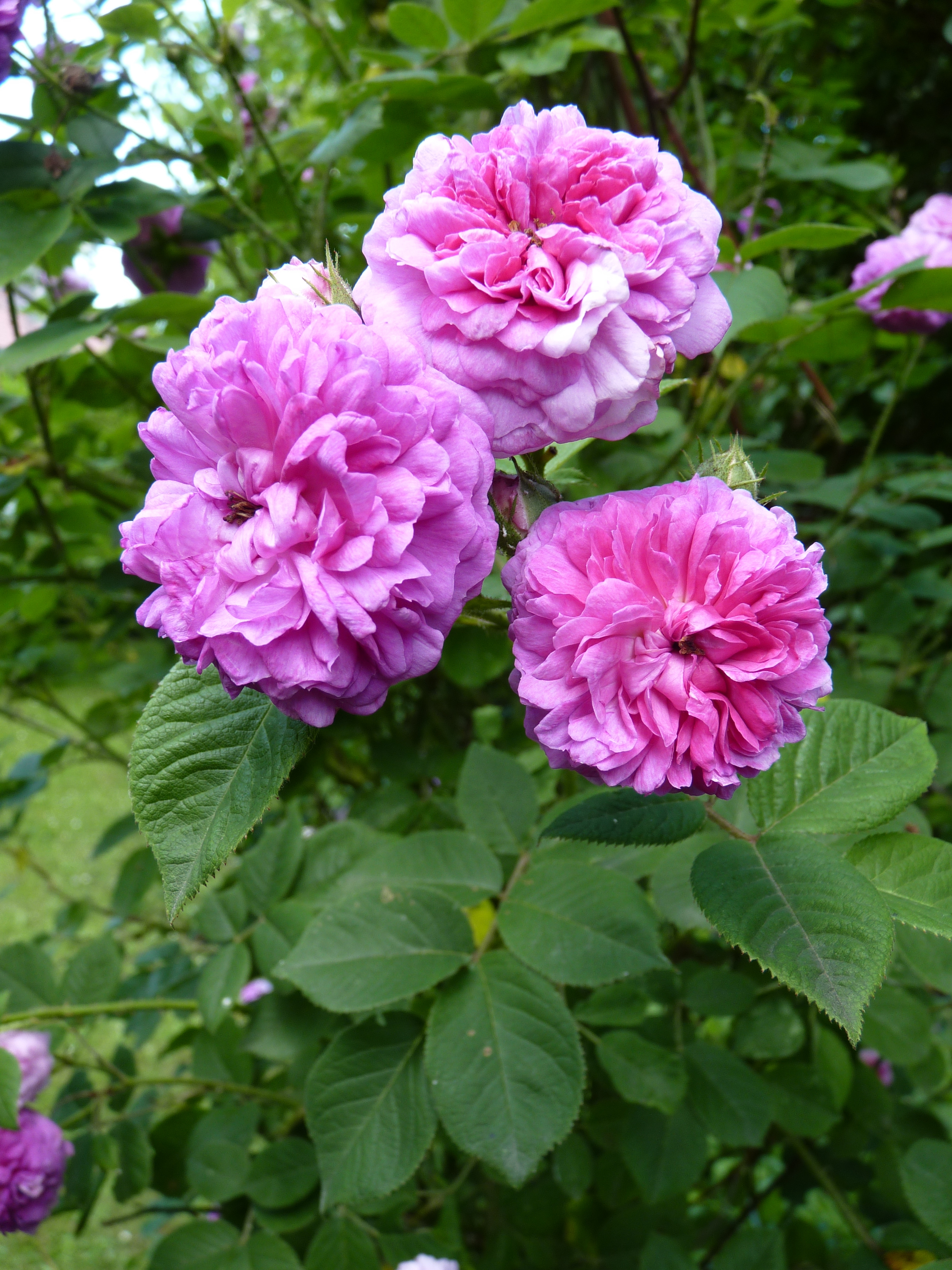
‘Russelliana’, Cormack & Sinclair, < 1826
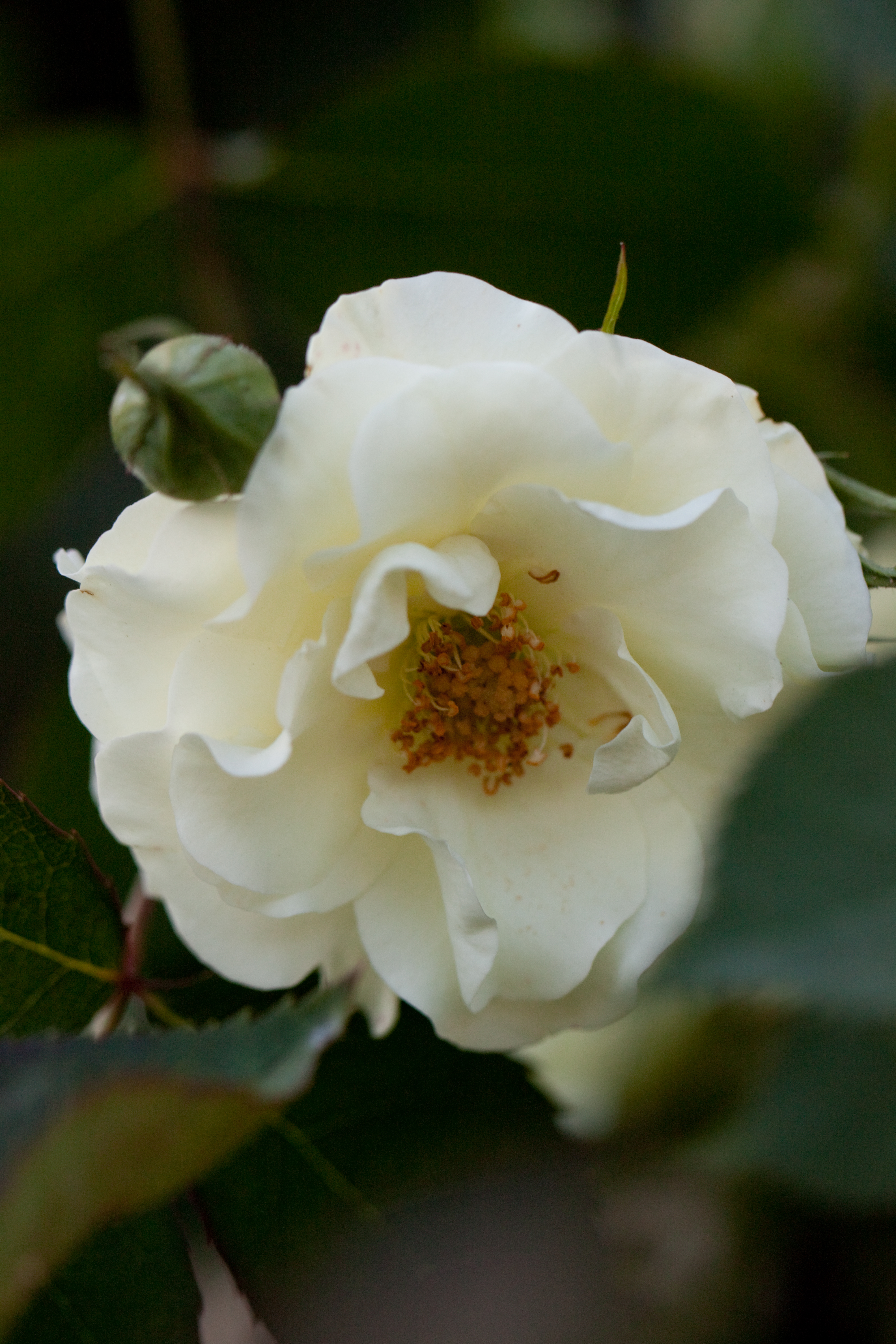
‘Ryokkoh’, Seizo Suzuki, 1991

## S

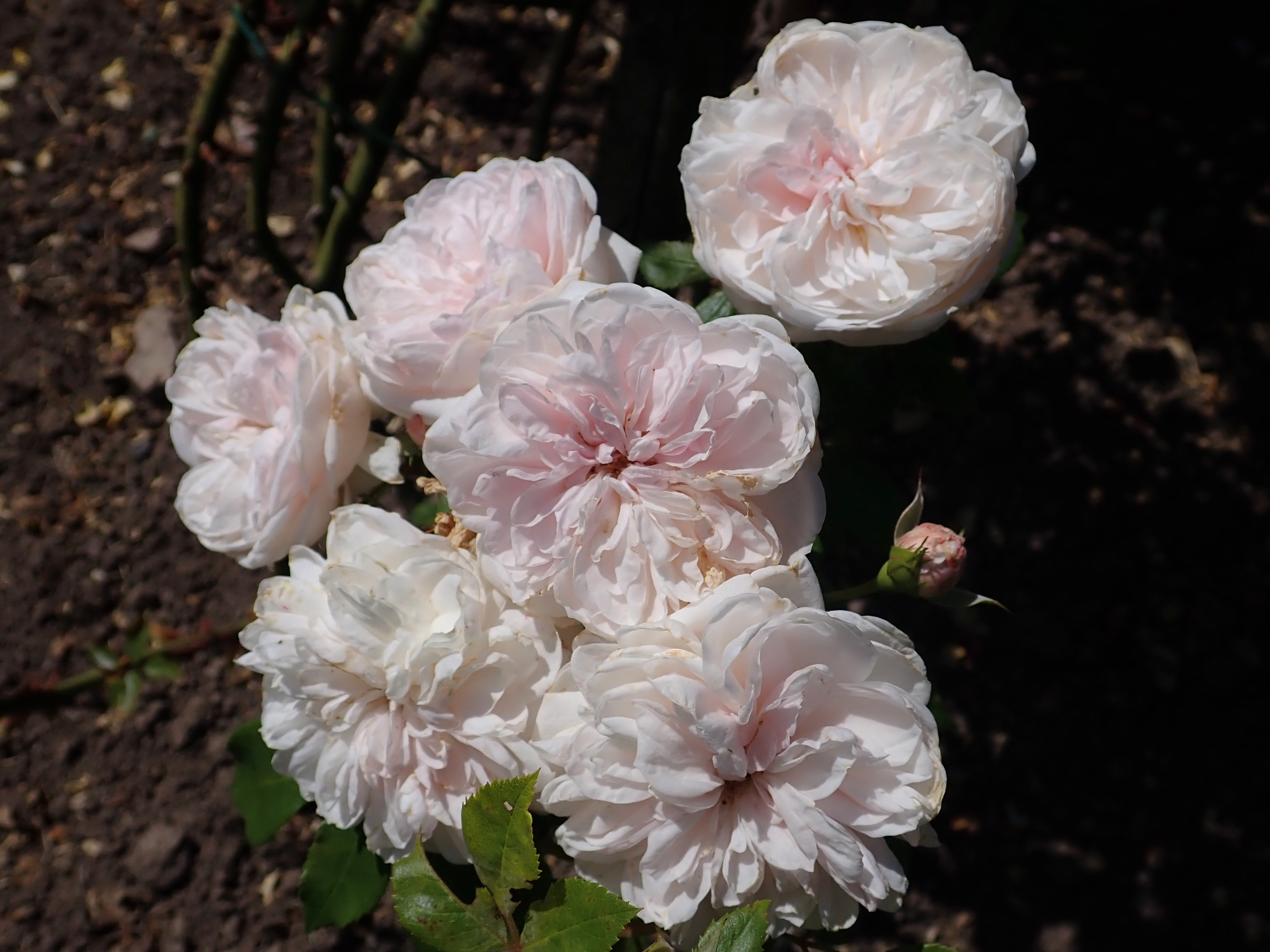
‘Sabrina’, Meilland, 2012
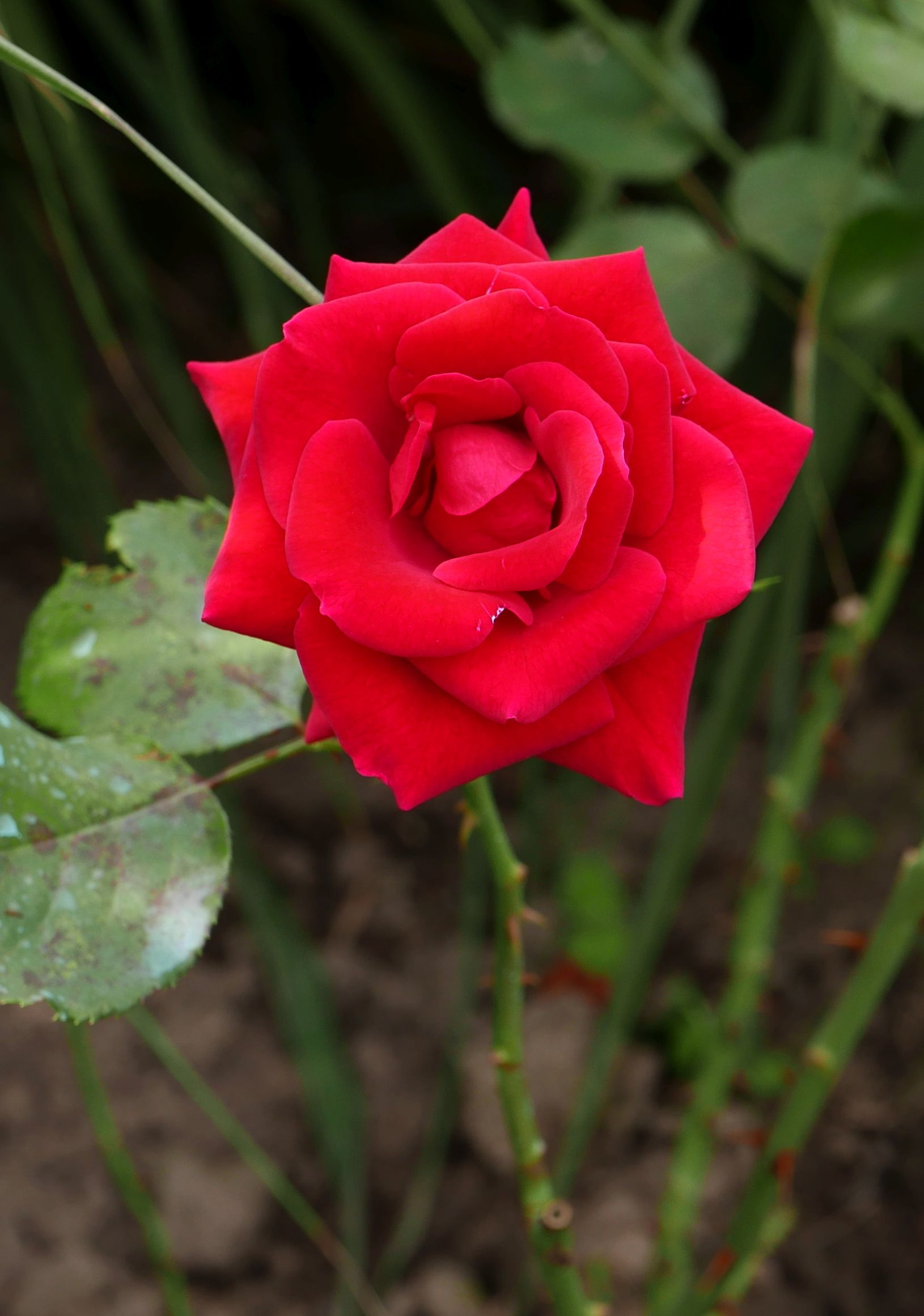
‘Sacramento’, Anni Berger, 1981
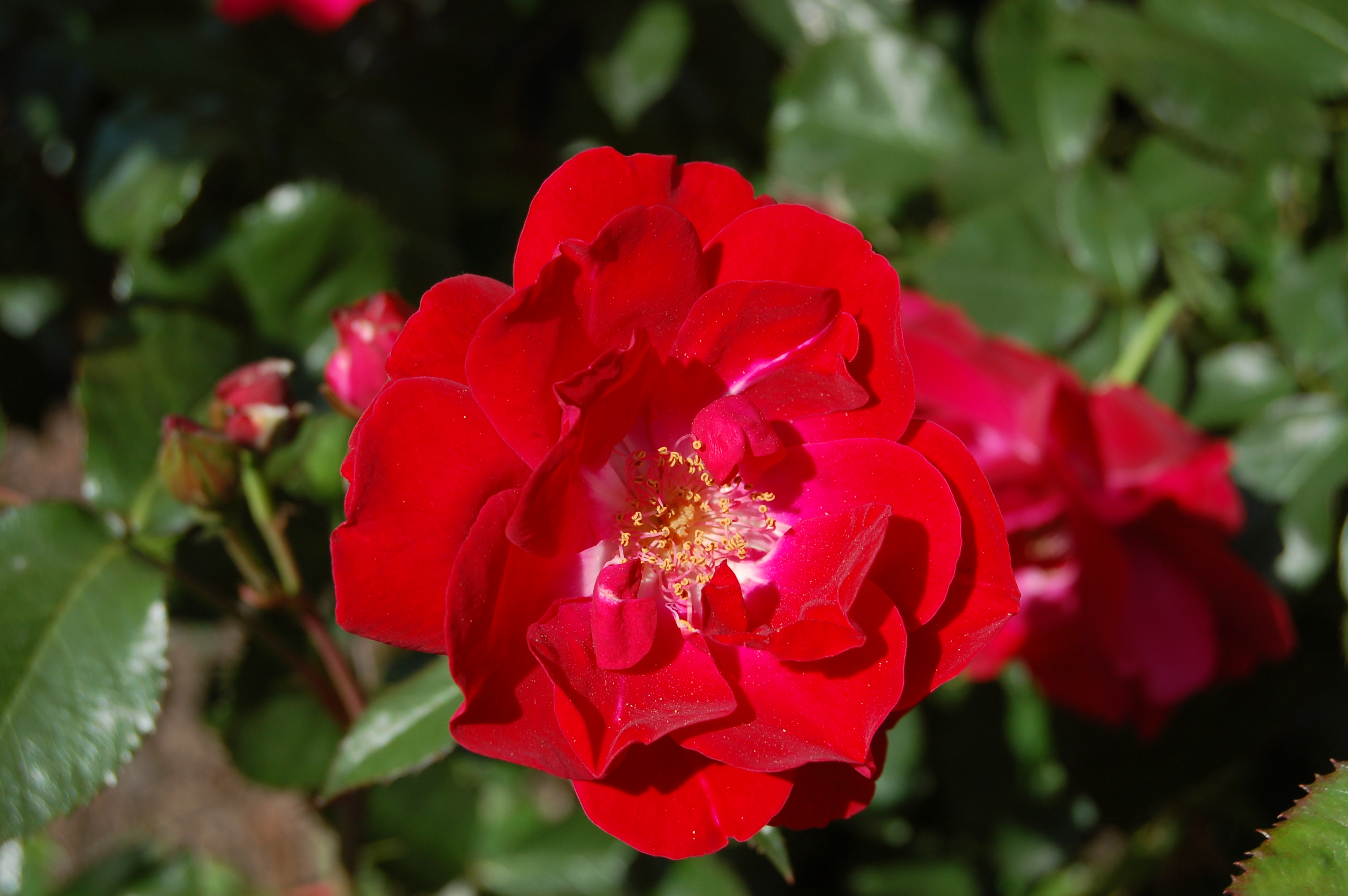
‘Saarbrücken’, Kordes, 1959
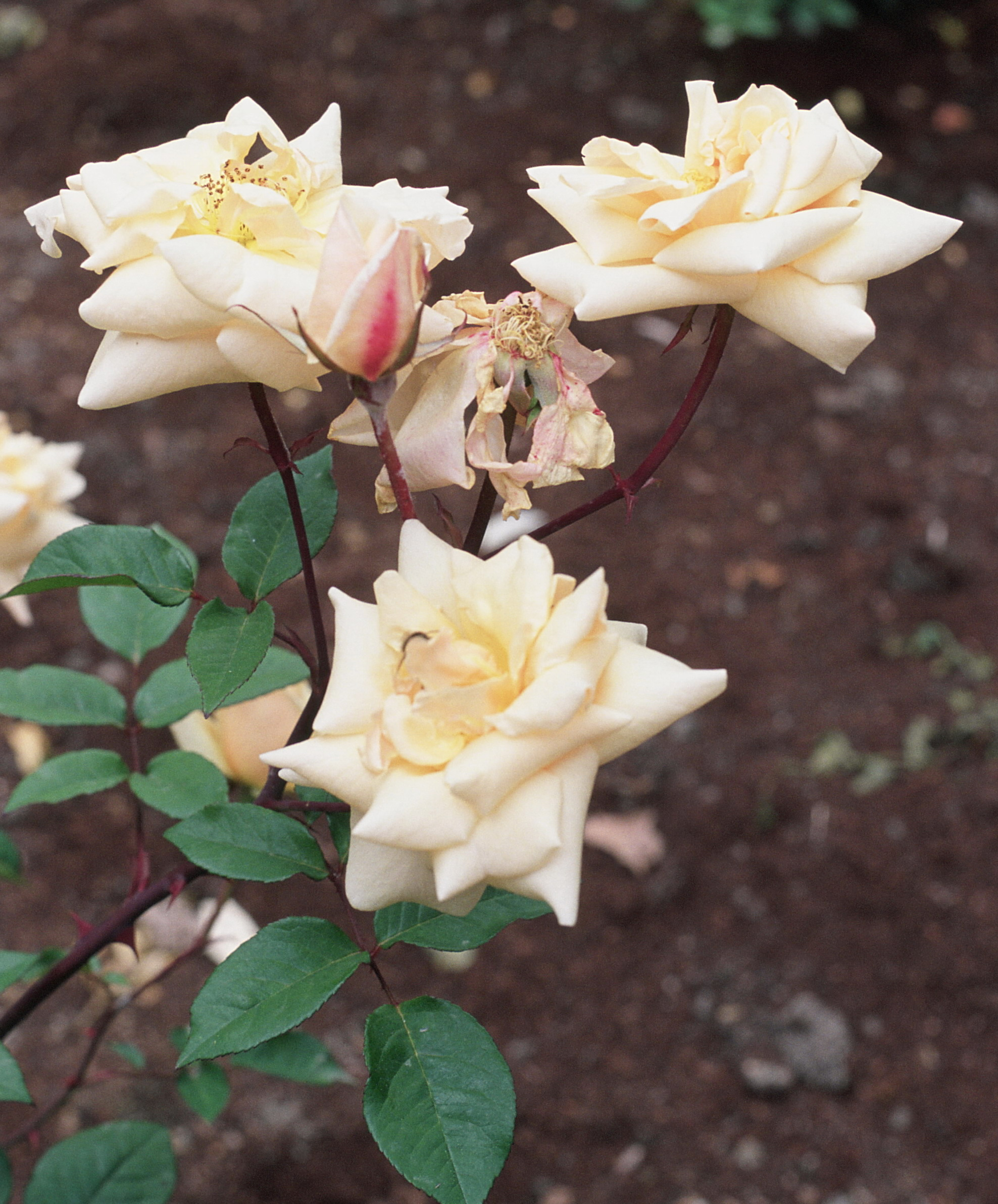
‘Safrano’, Beauregard, 1839
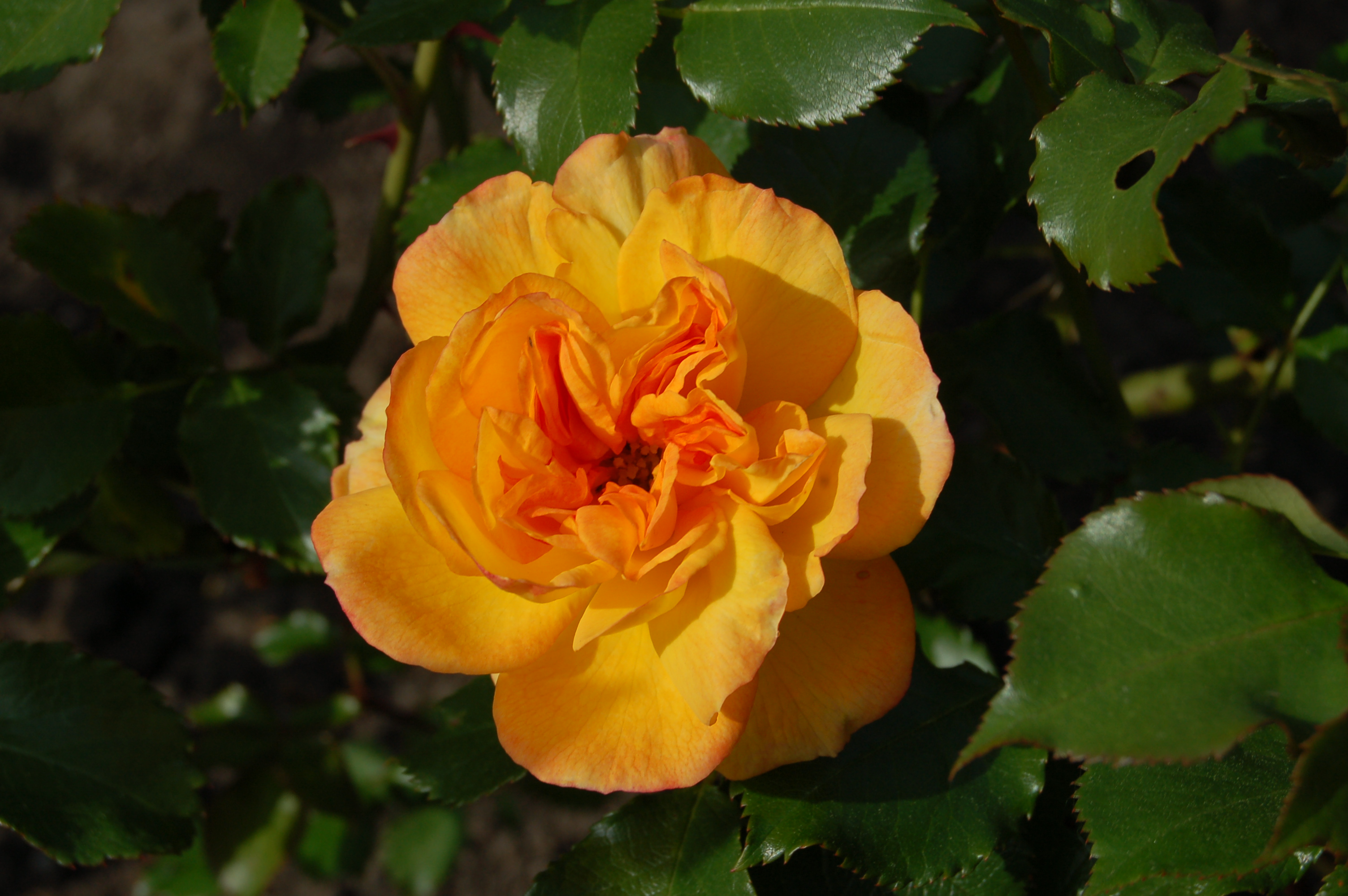
‘Sahara’, Tantau, 1996
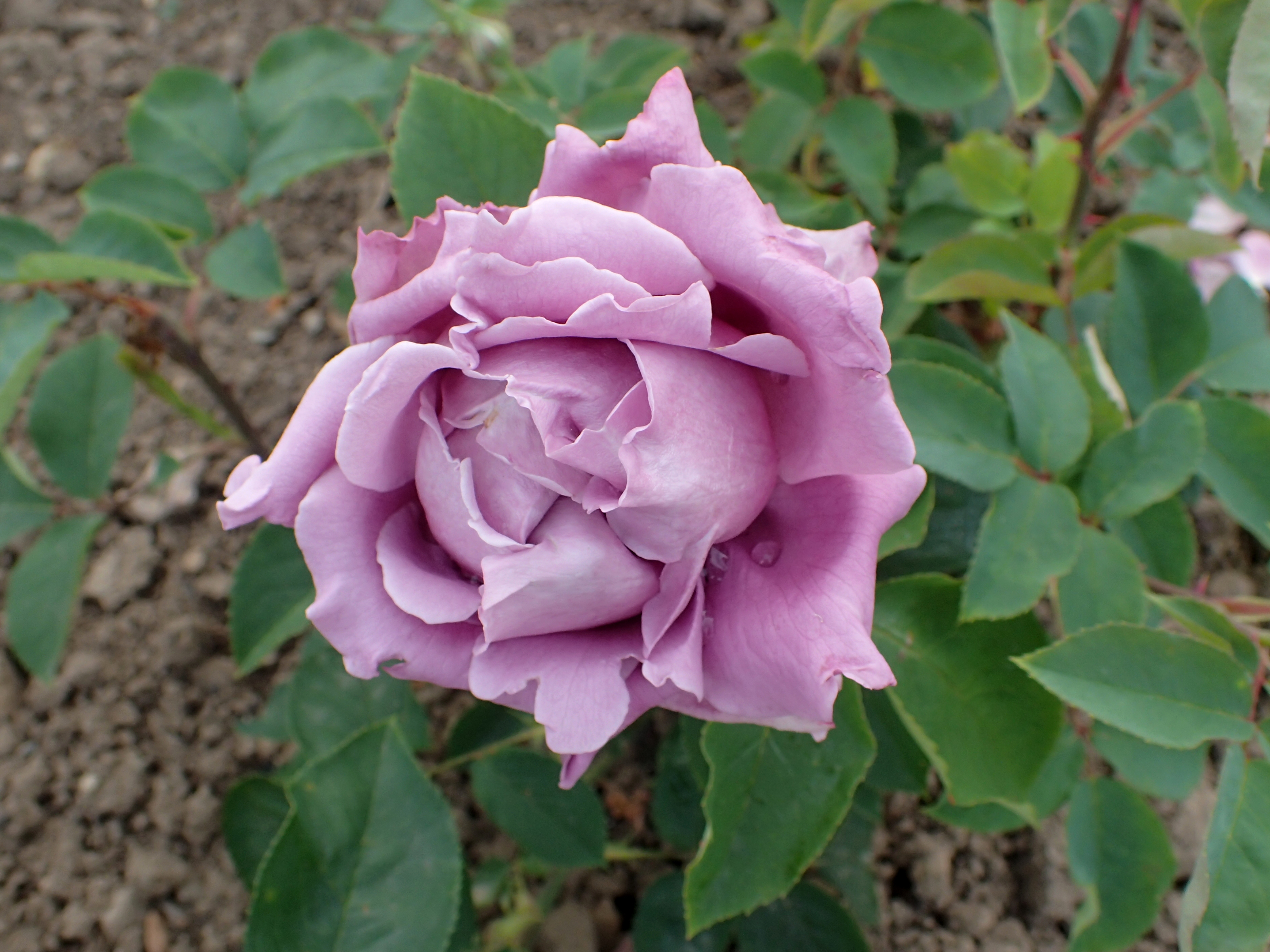
‘Saint-Exupéry’, Delbard-Chabert, 1961
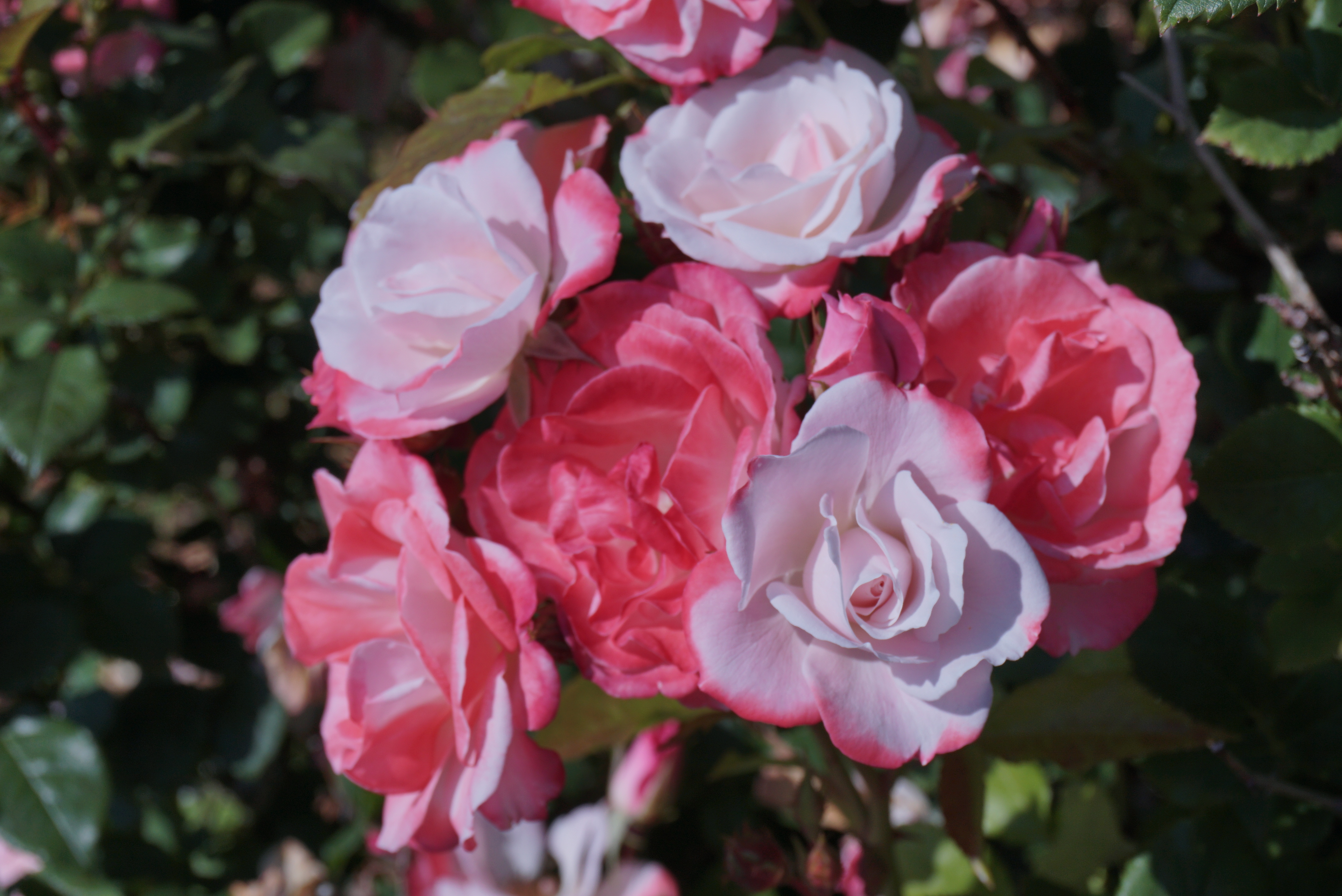
‘Sakuragasumi’, Seizo Suzuki/Keisei Rose Nurseries, 1990
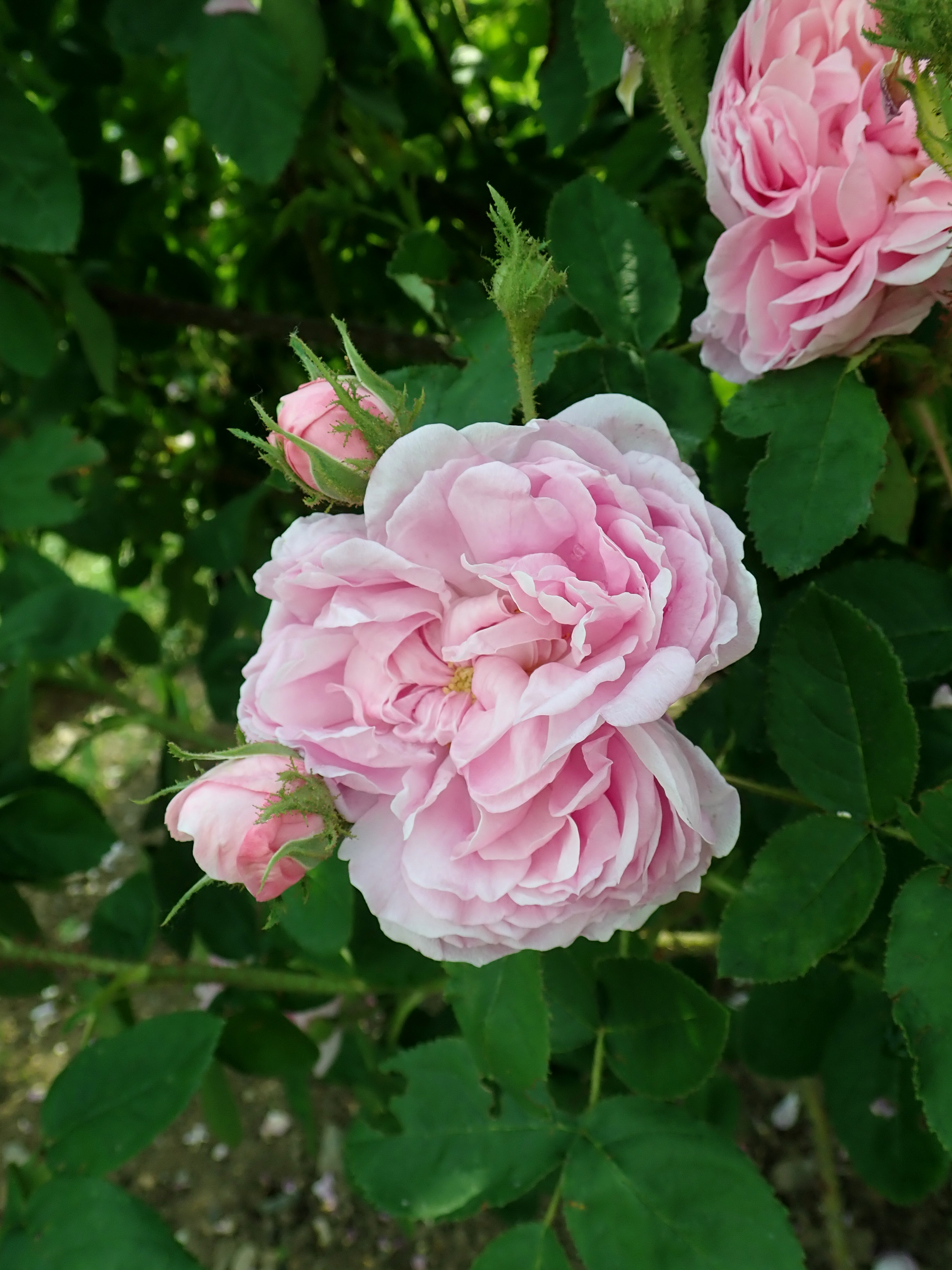
‘Salet’, Lacharme, 1854
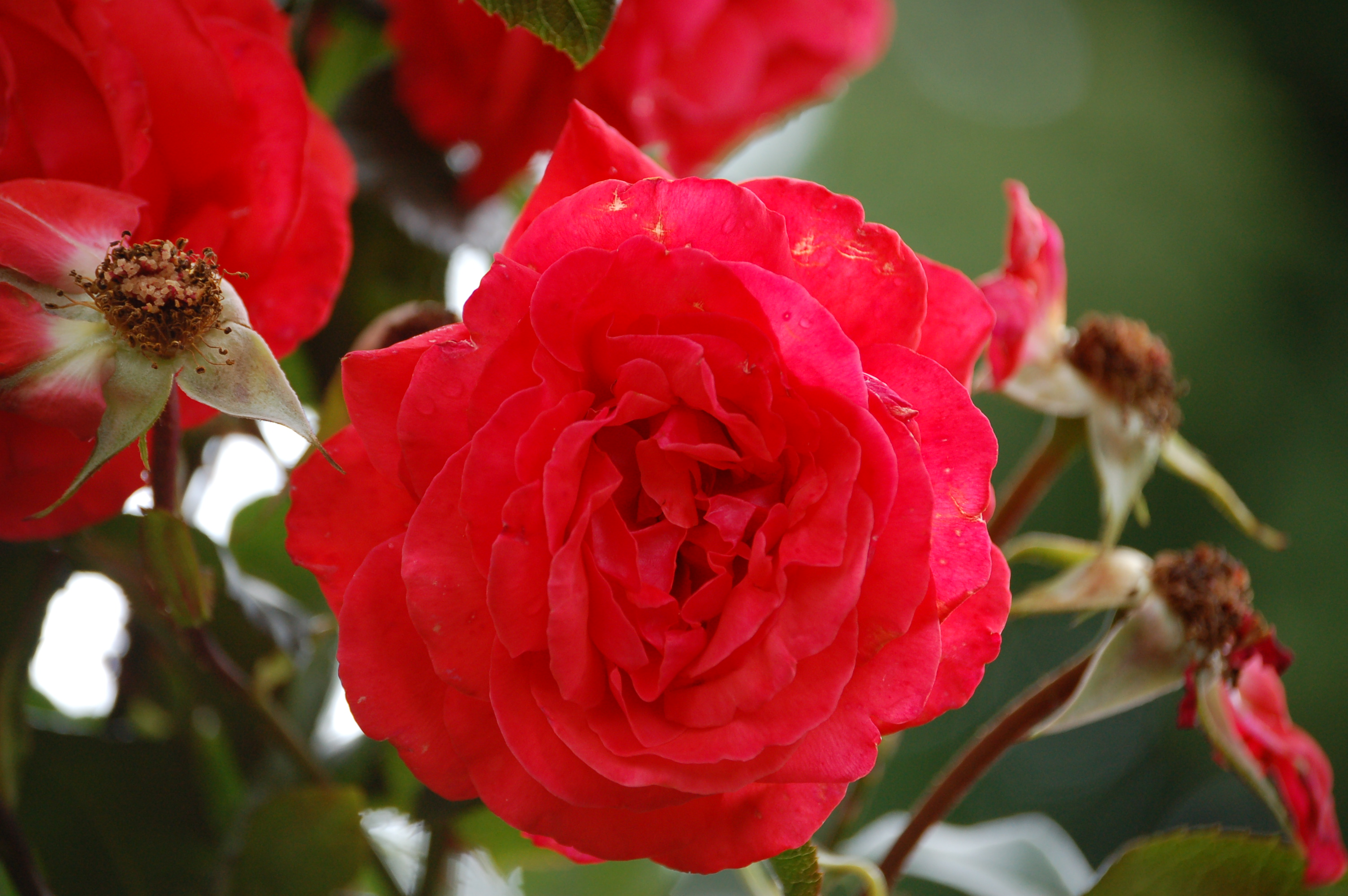
‘Salita’, Kordes, 1987
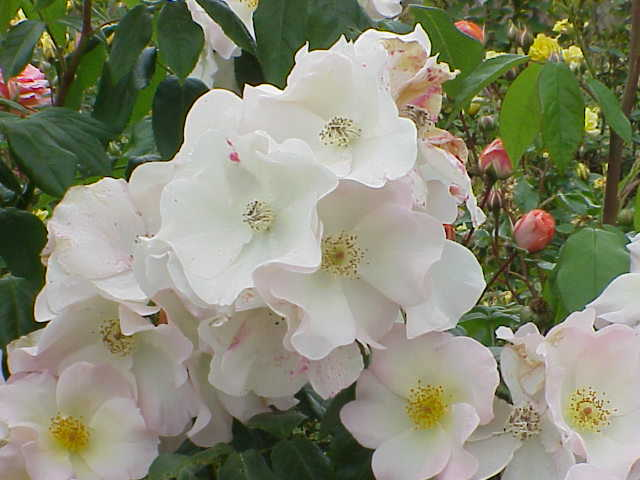
‘Sally Holmes’, Holmes/Fryer, 1976
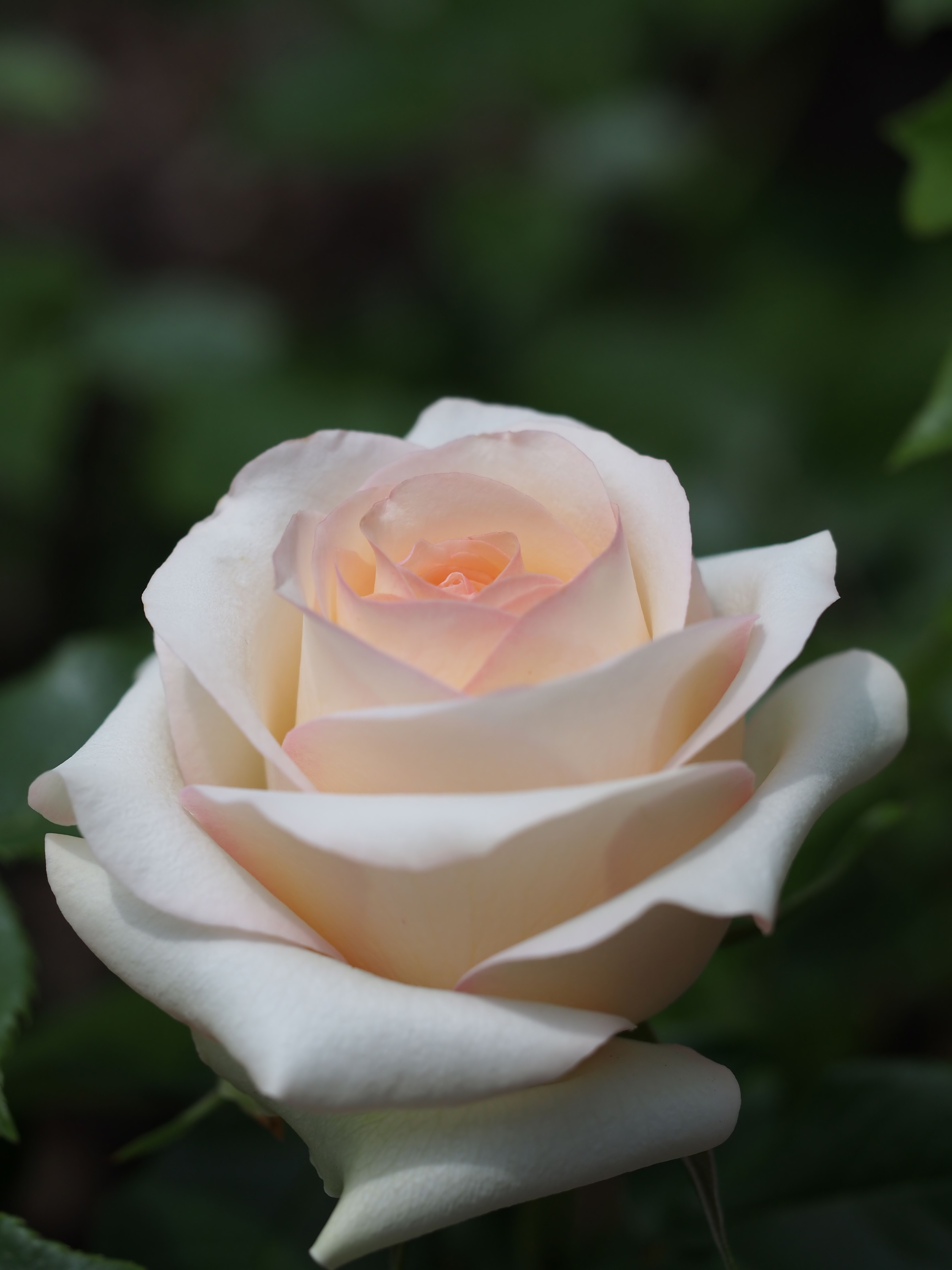
‘Sally Kane’, Gareth Fryer, 2005
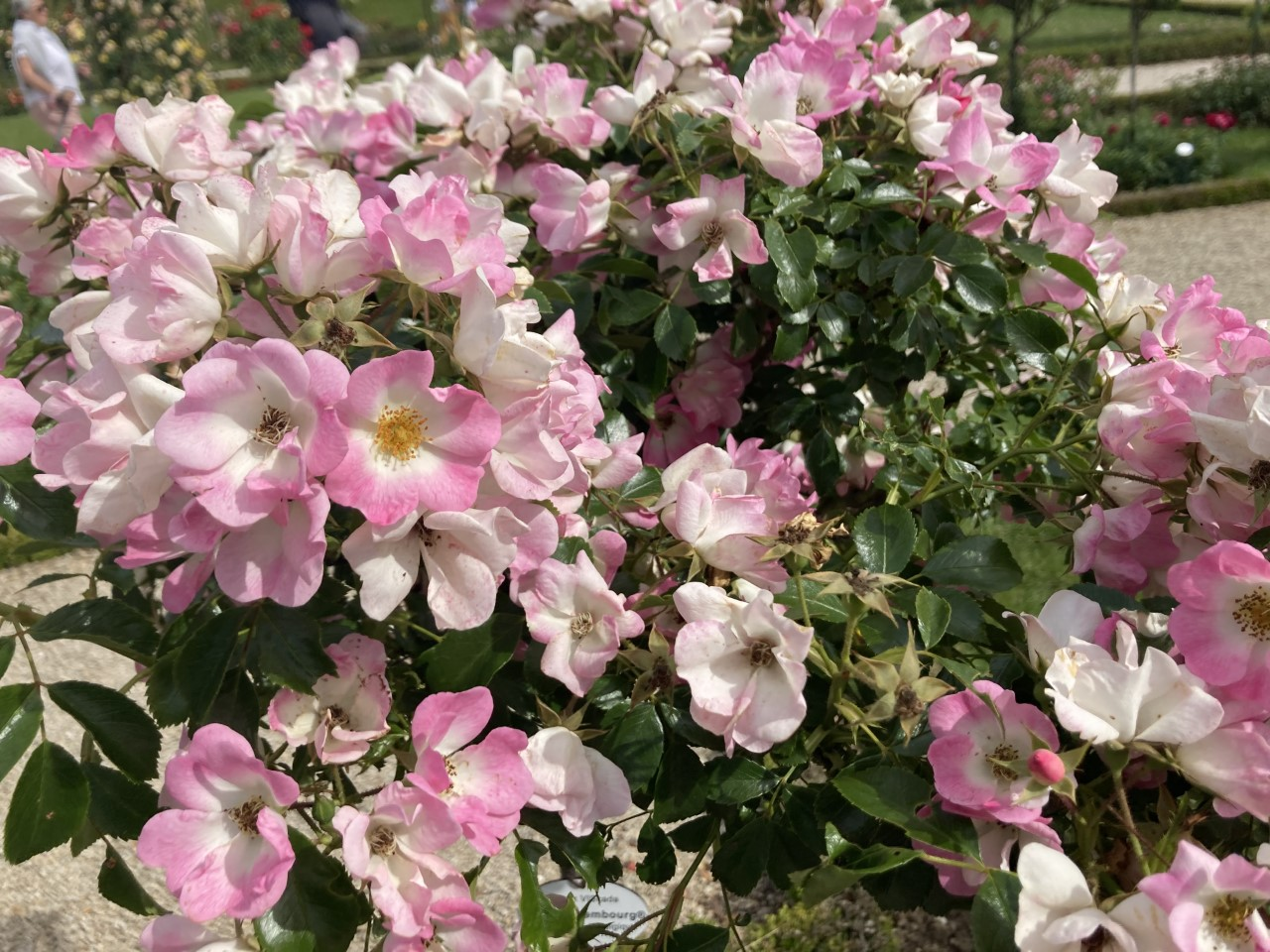
‘Salut à Luxembourg’, Martin Vissers, 2010
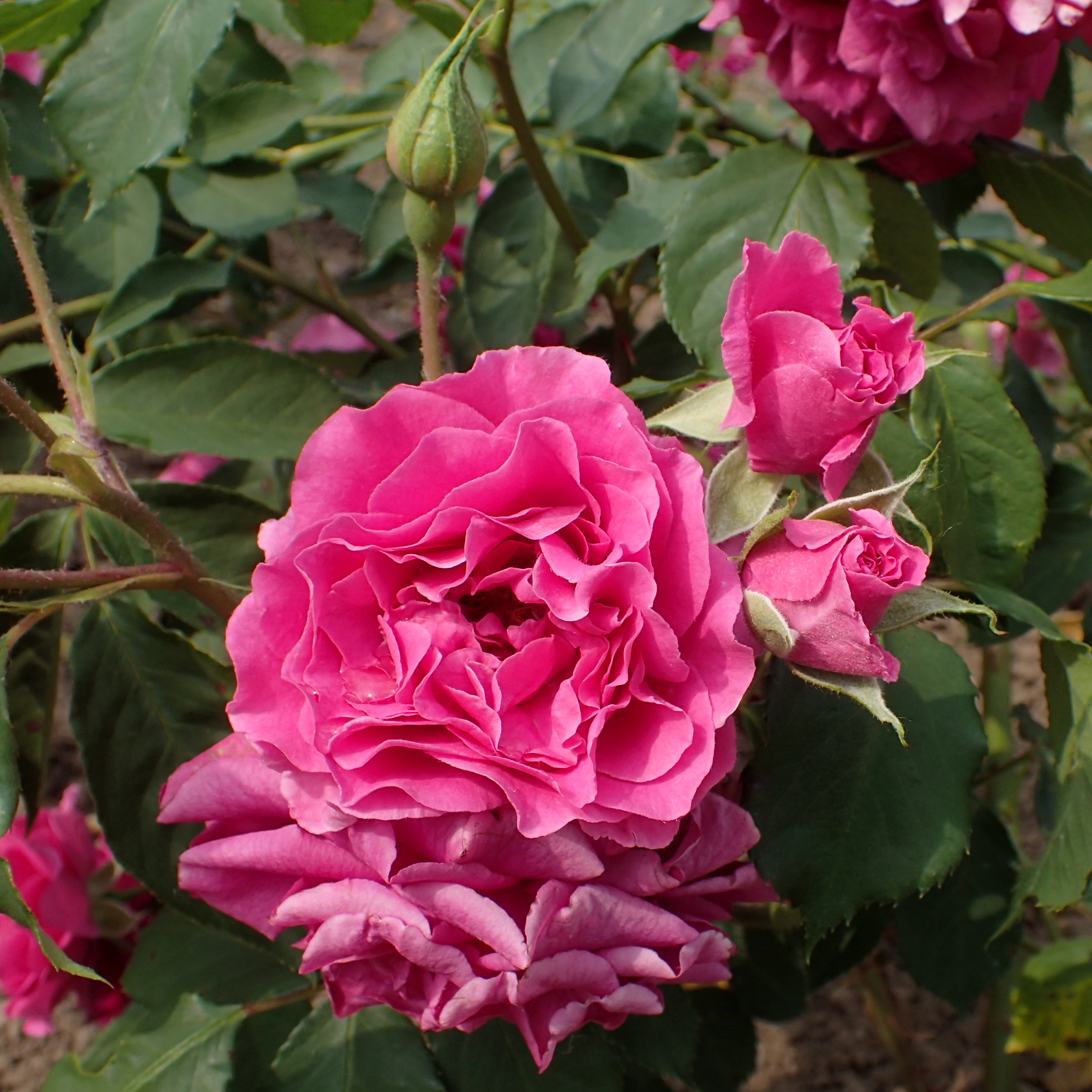
‘Salza’, Walter Berger, 1956
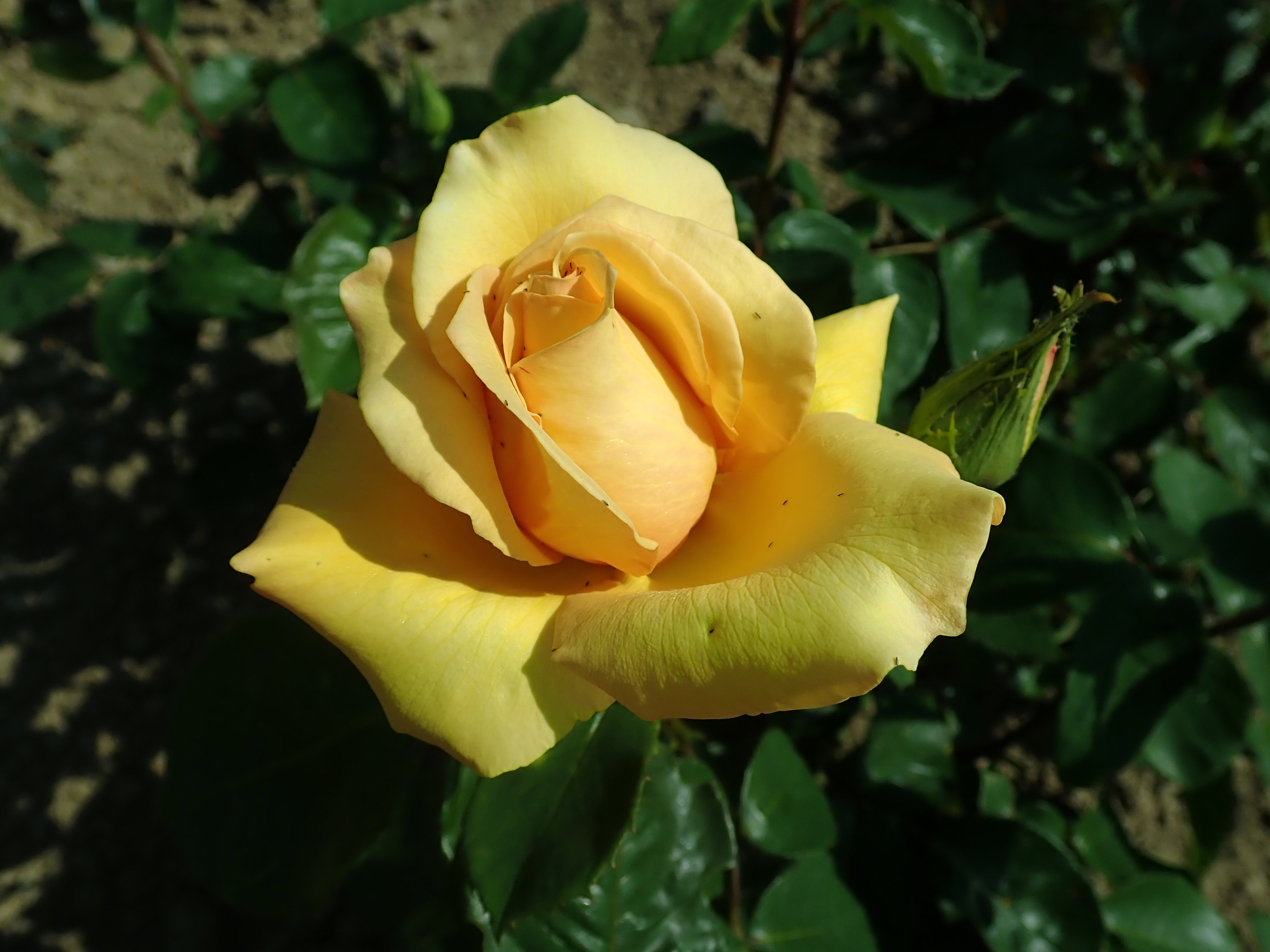
‘Samara’, Noack, 1989
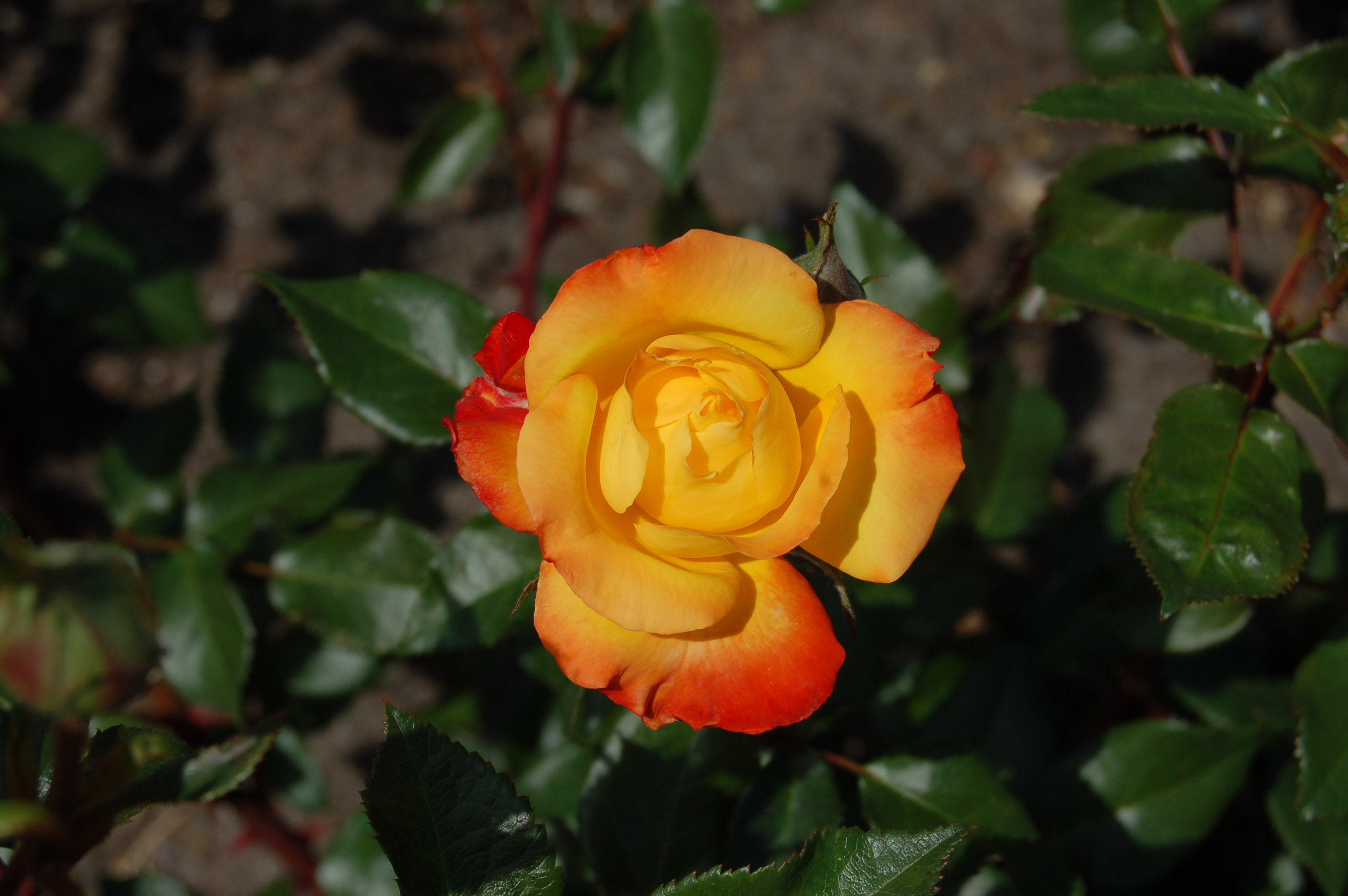
‘Samba’, Kordes, 1964
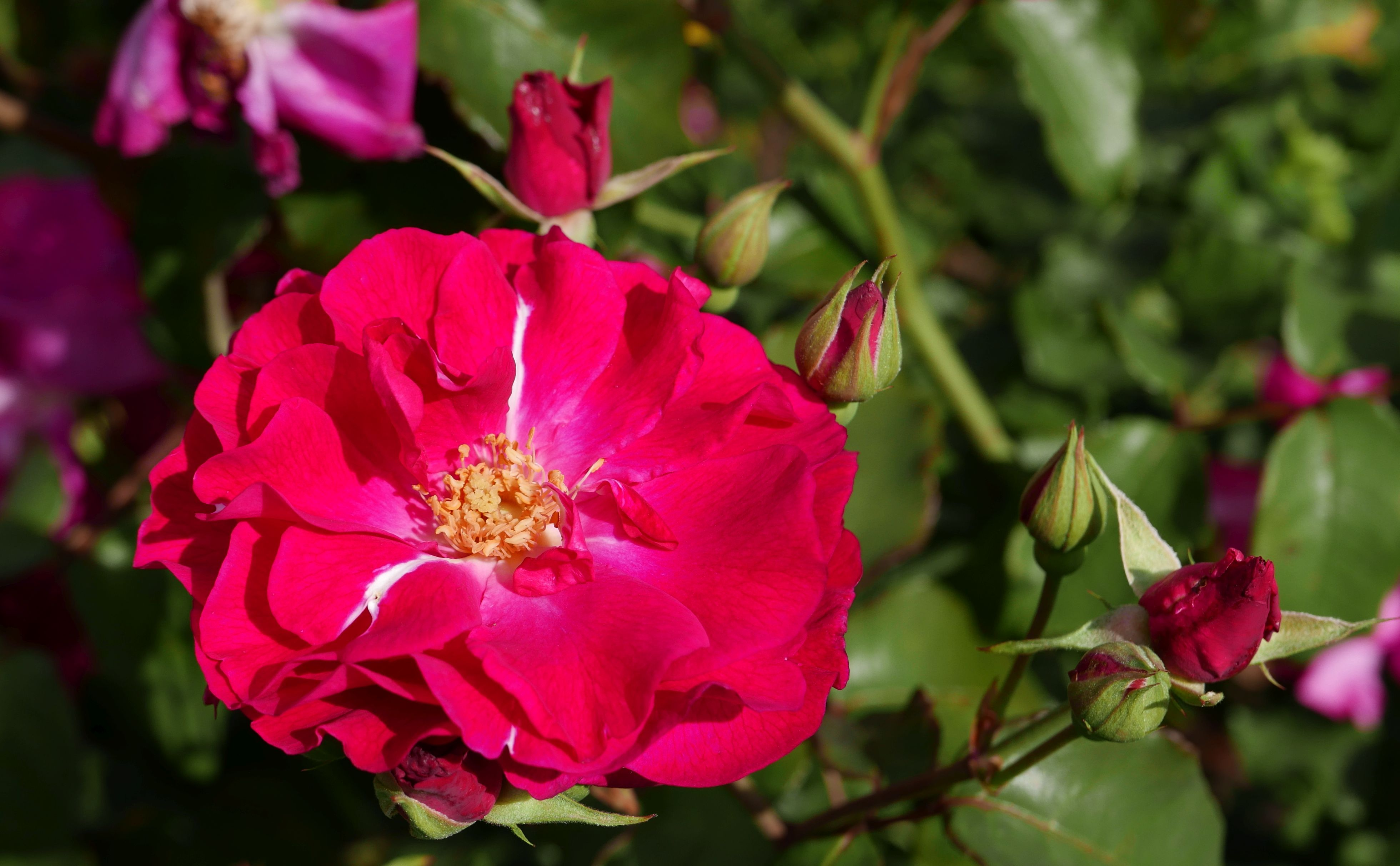
‘Sammy’, Pemberton, 1921
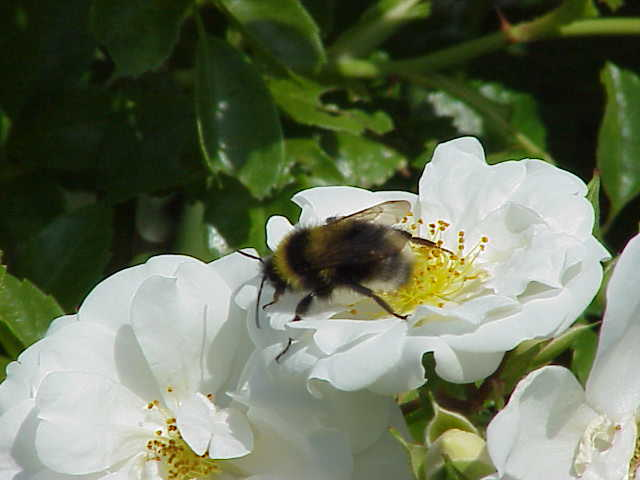
‘Sander's White’, Sander, 1912
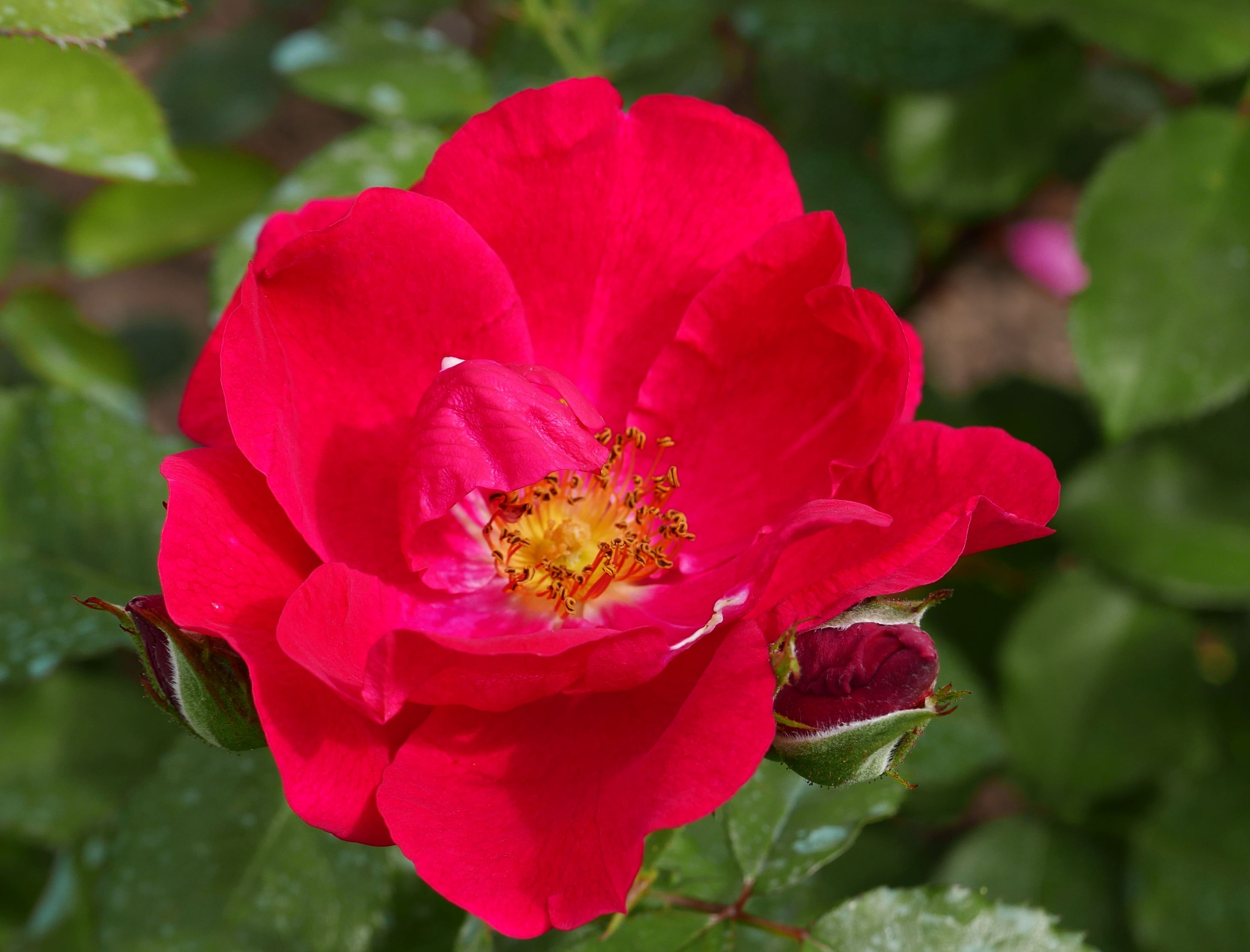
‘Sangerhausen’, Kordes, 1938
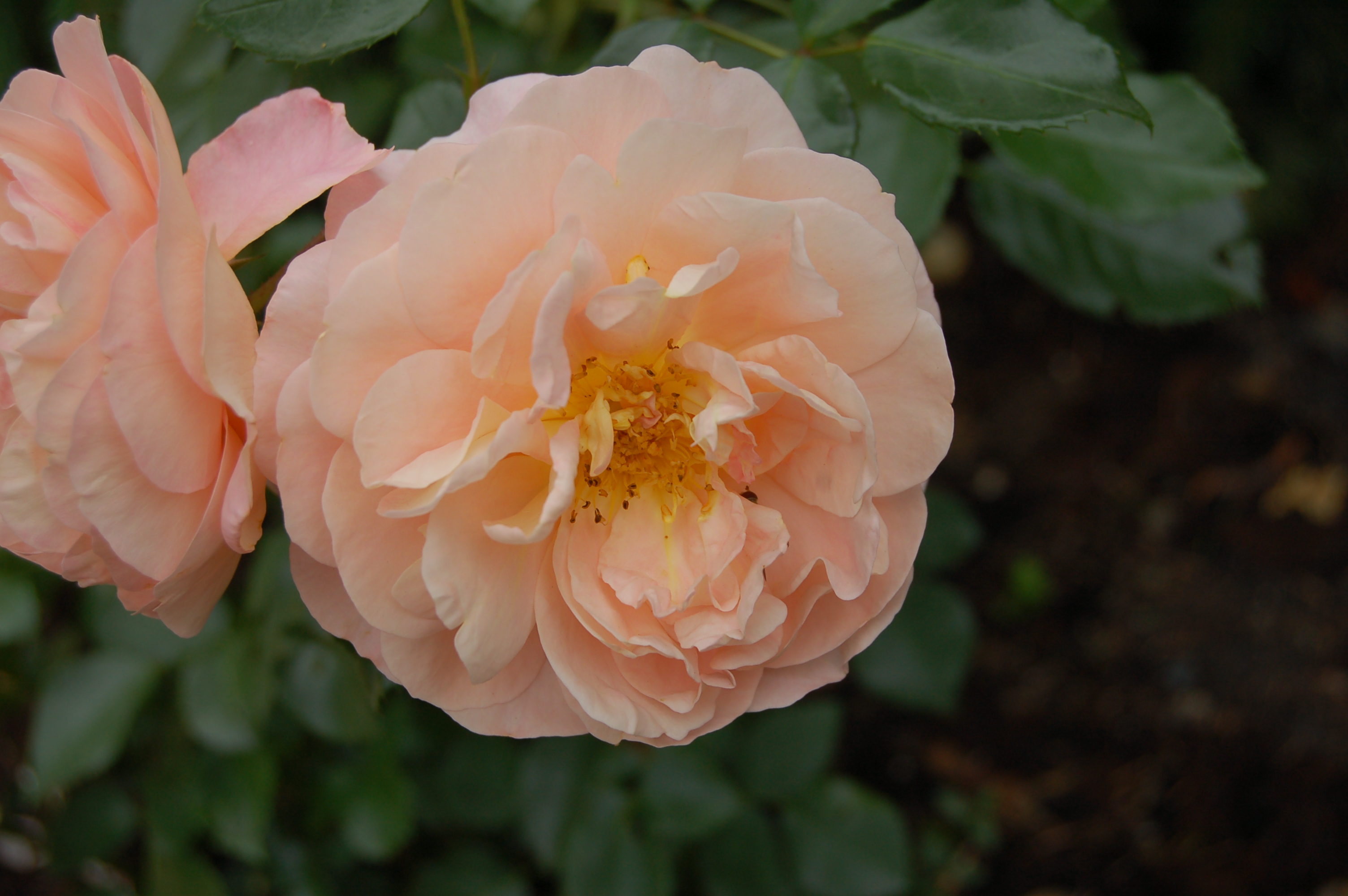
‘Sangerhäuser Jubiläumsrose’, Kordes, 2003
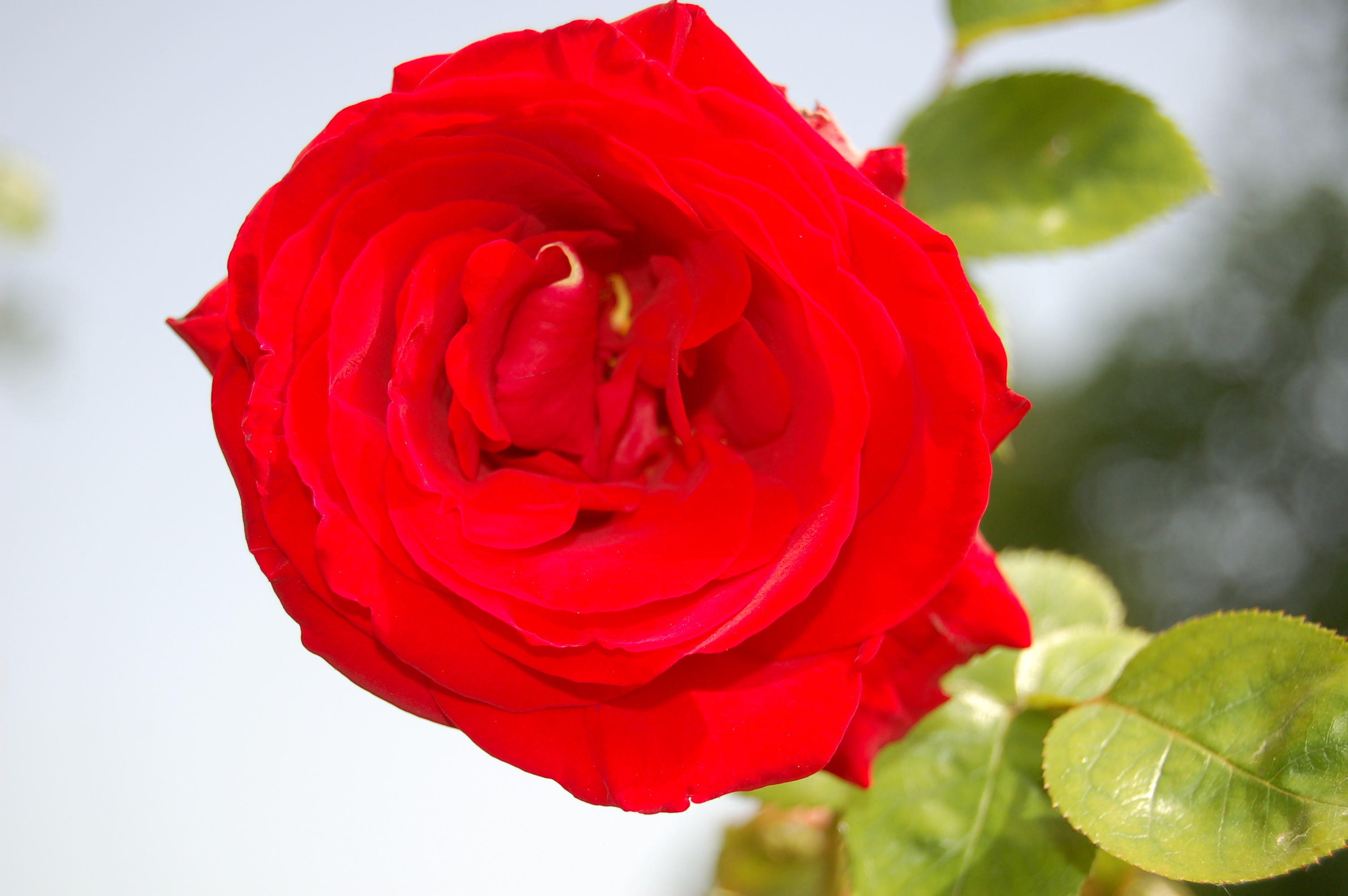
‘Santana’, Tantau, 1985
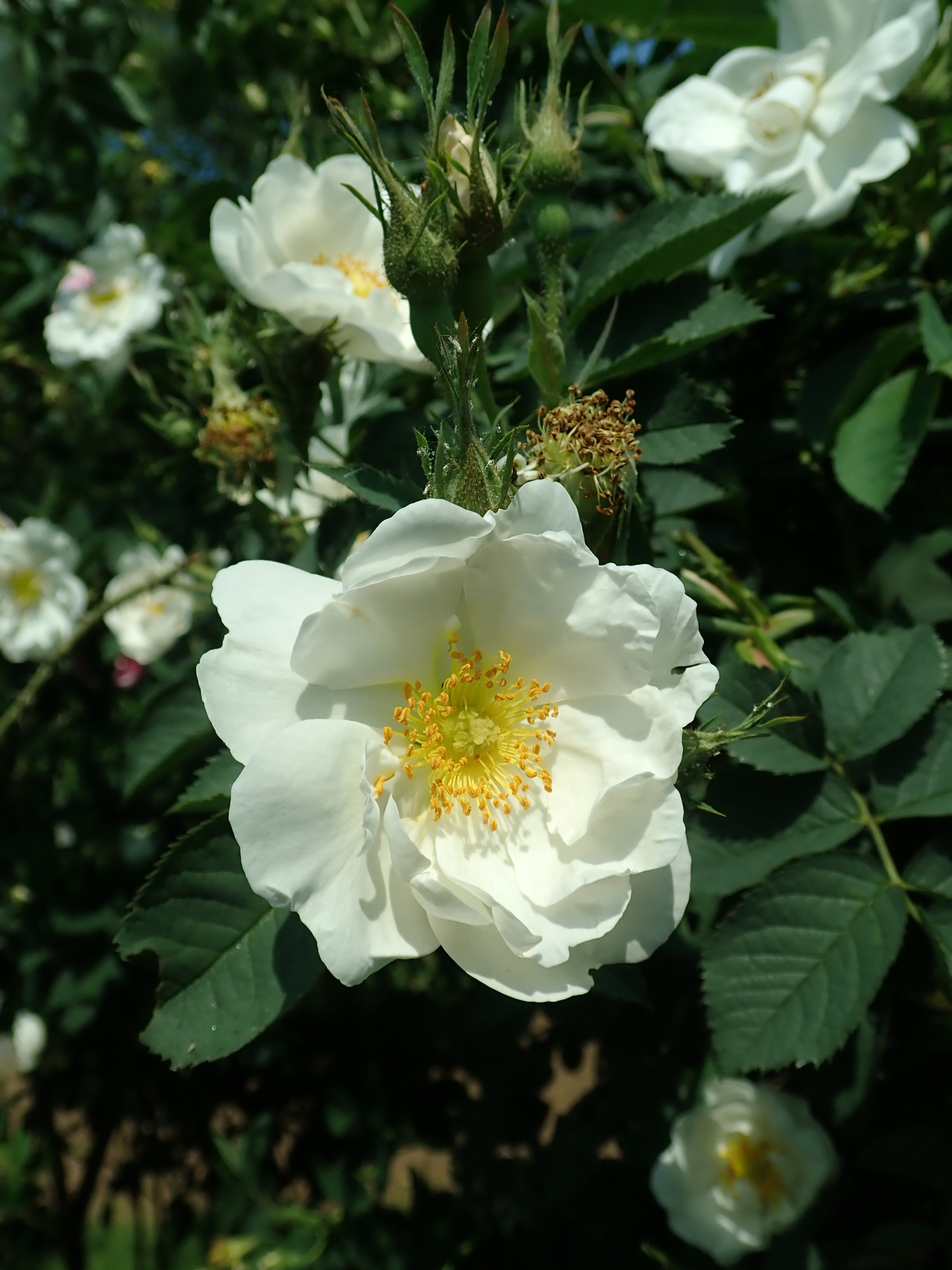
‘Sappho’, vor 1817
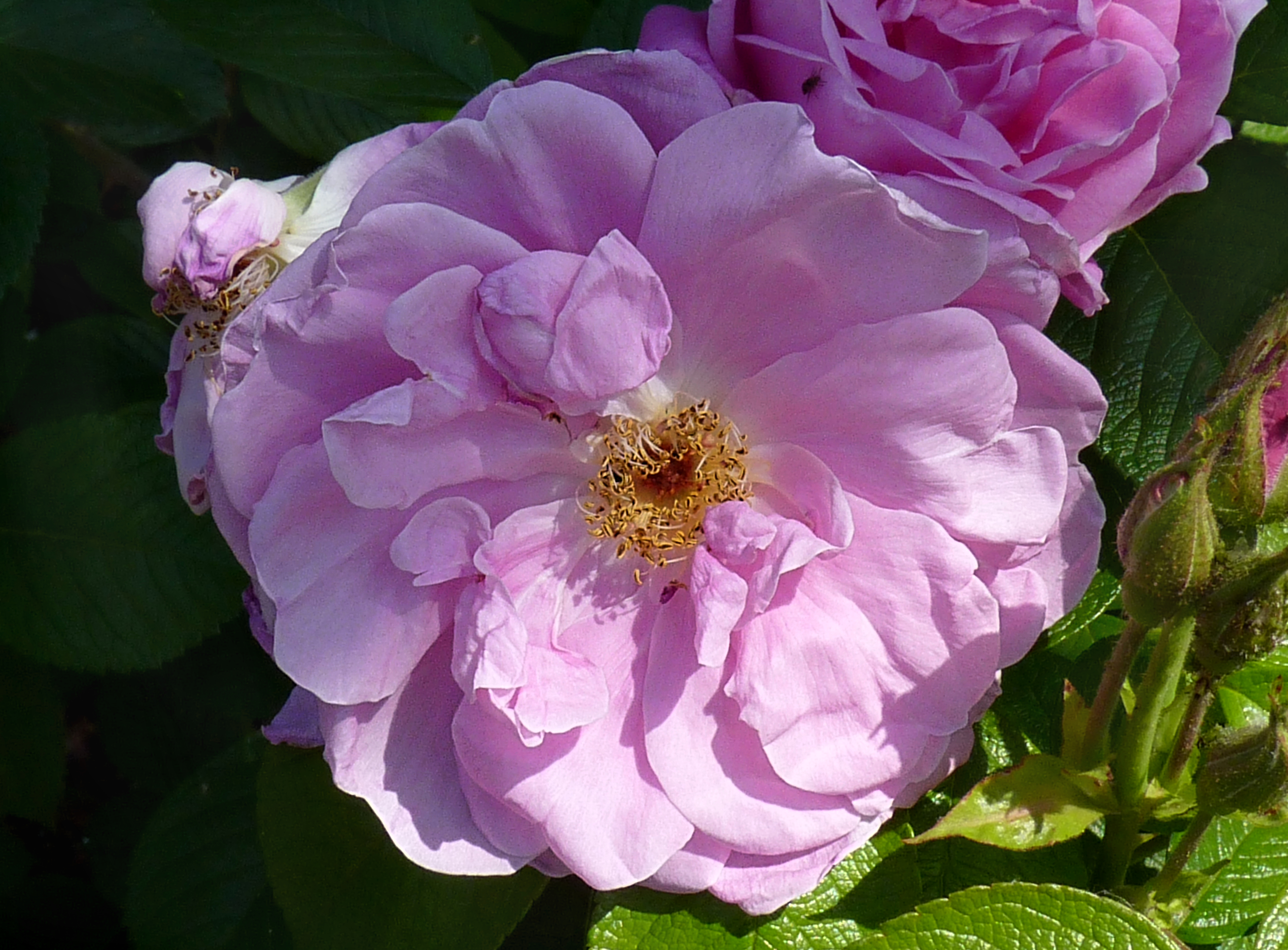
‘Sarah van Fleet’, van Fleet, 1922
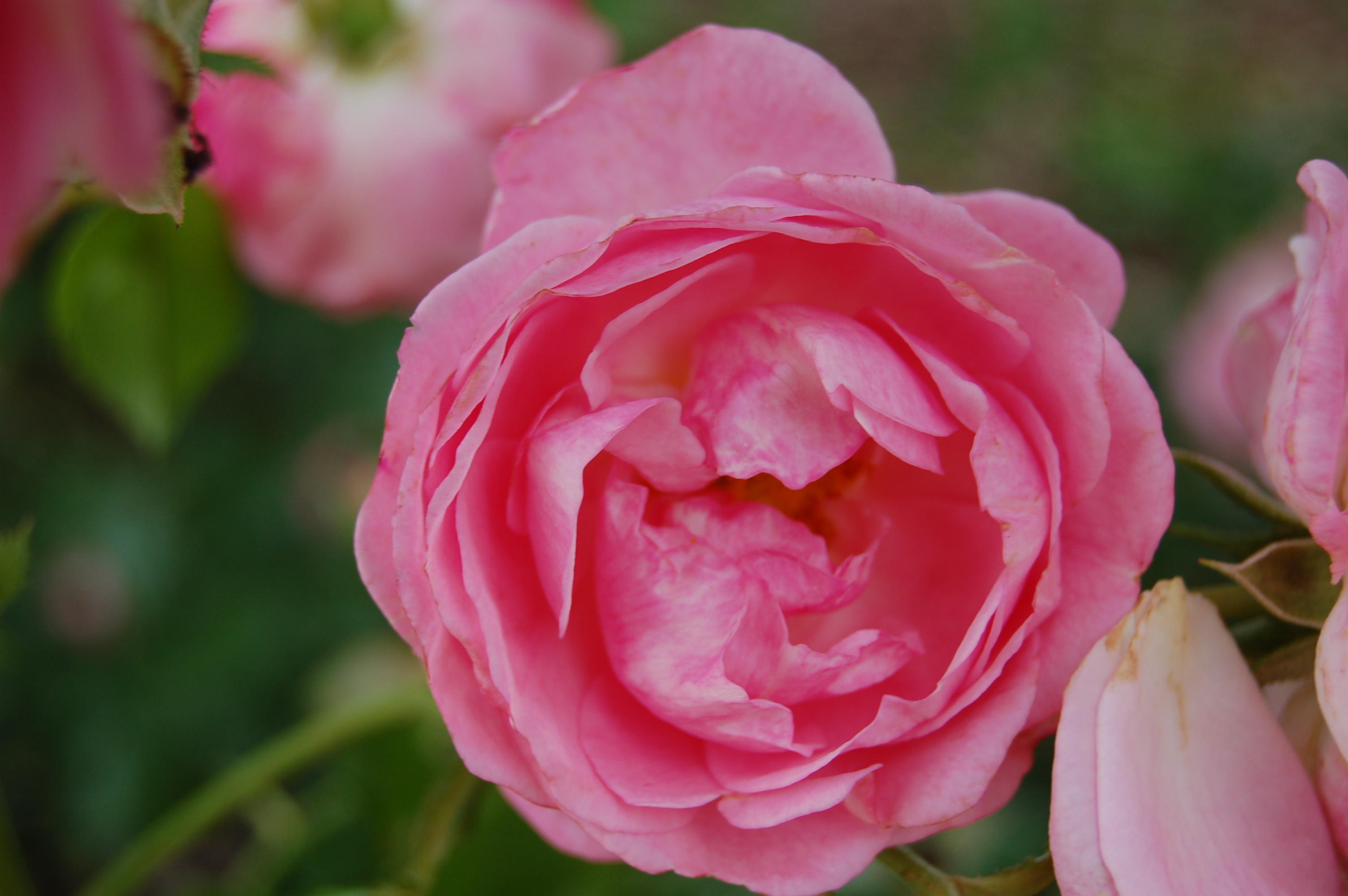
‘Saremo’, Noack, 1999
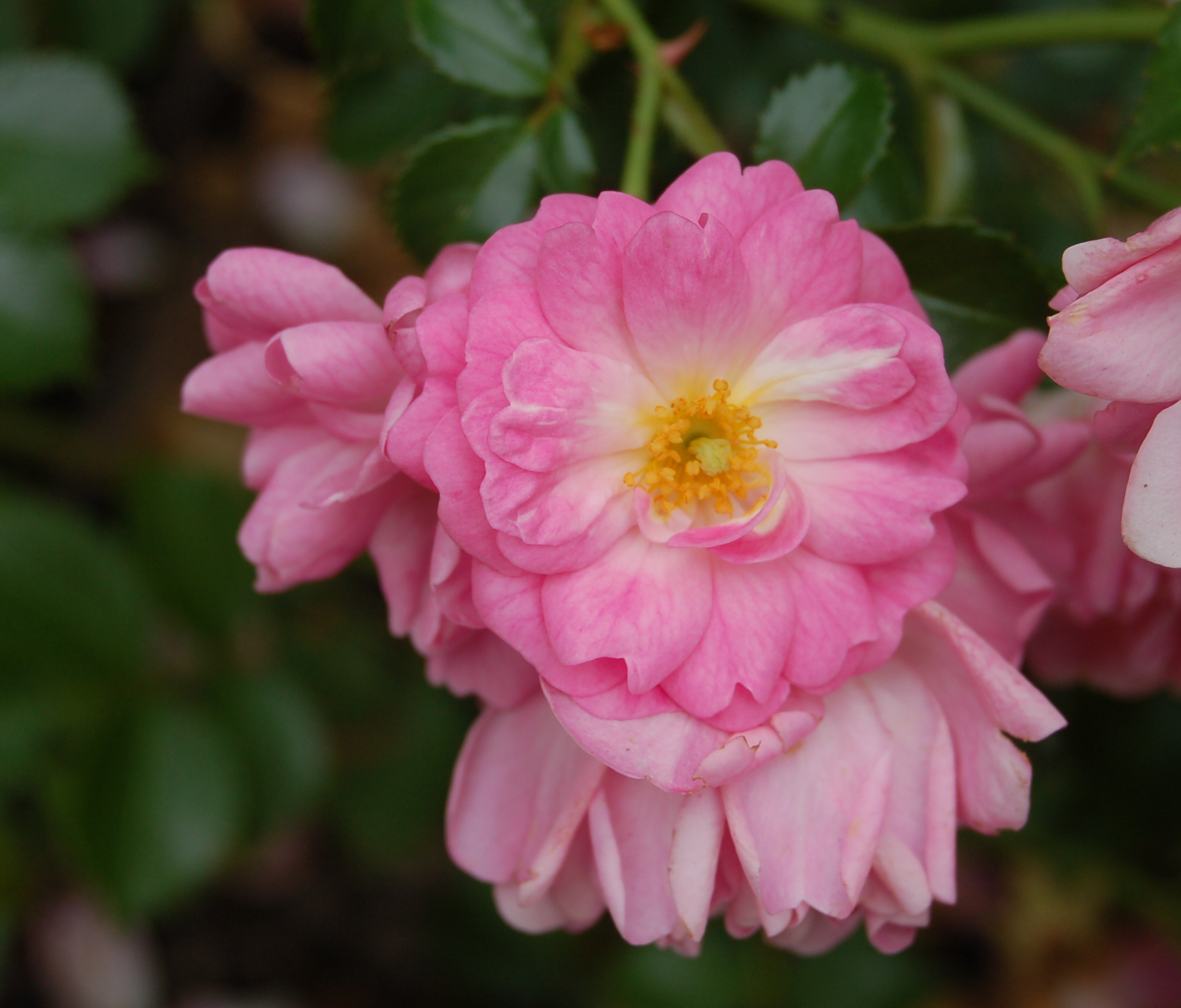
‘Satina’, Tantau, 1992
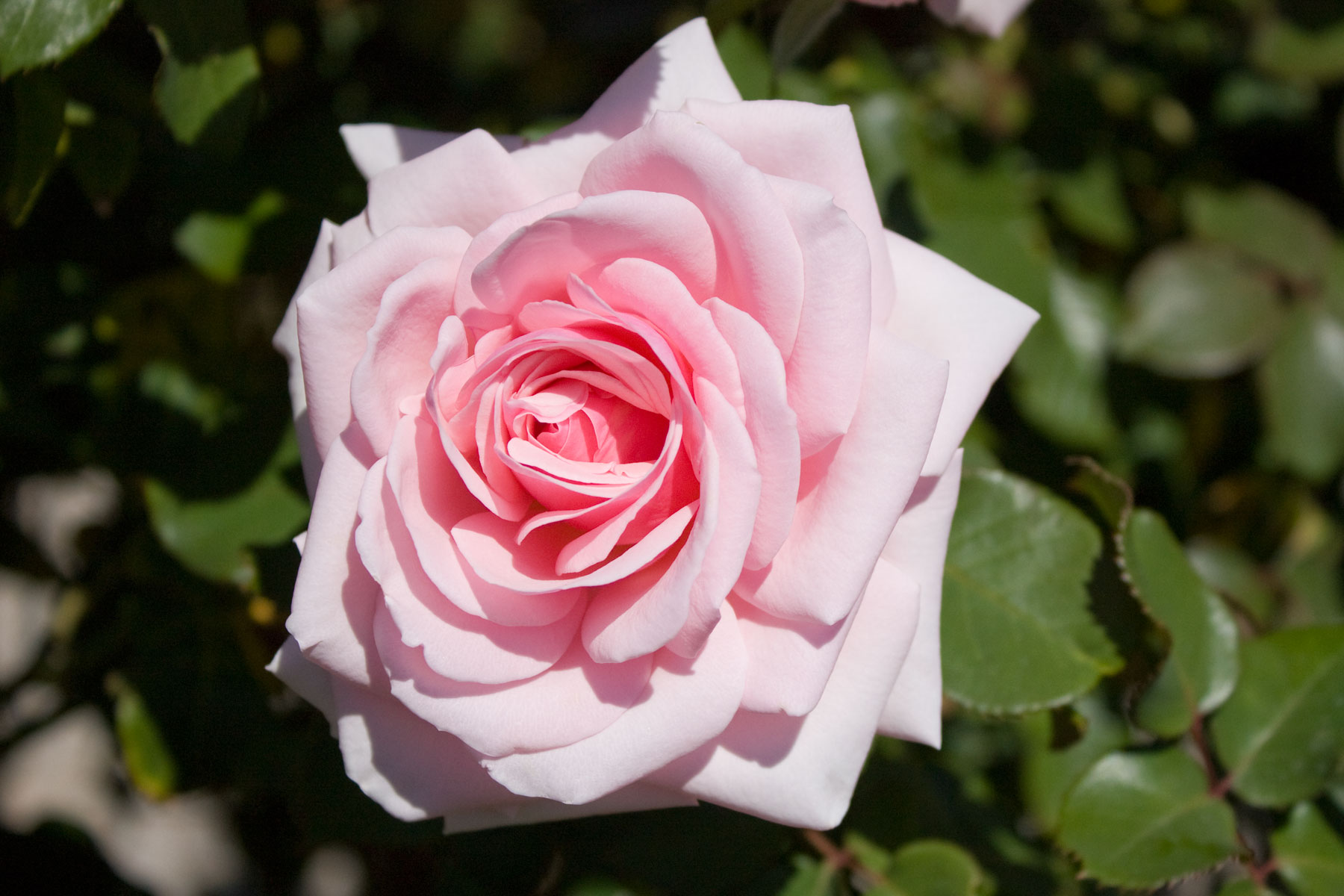
‘Savoy Hotel’, Harkness, 1987
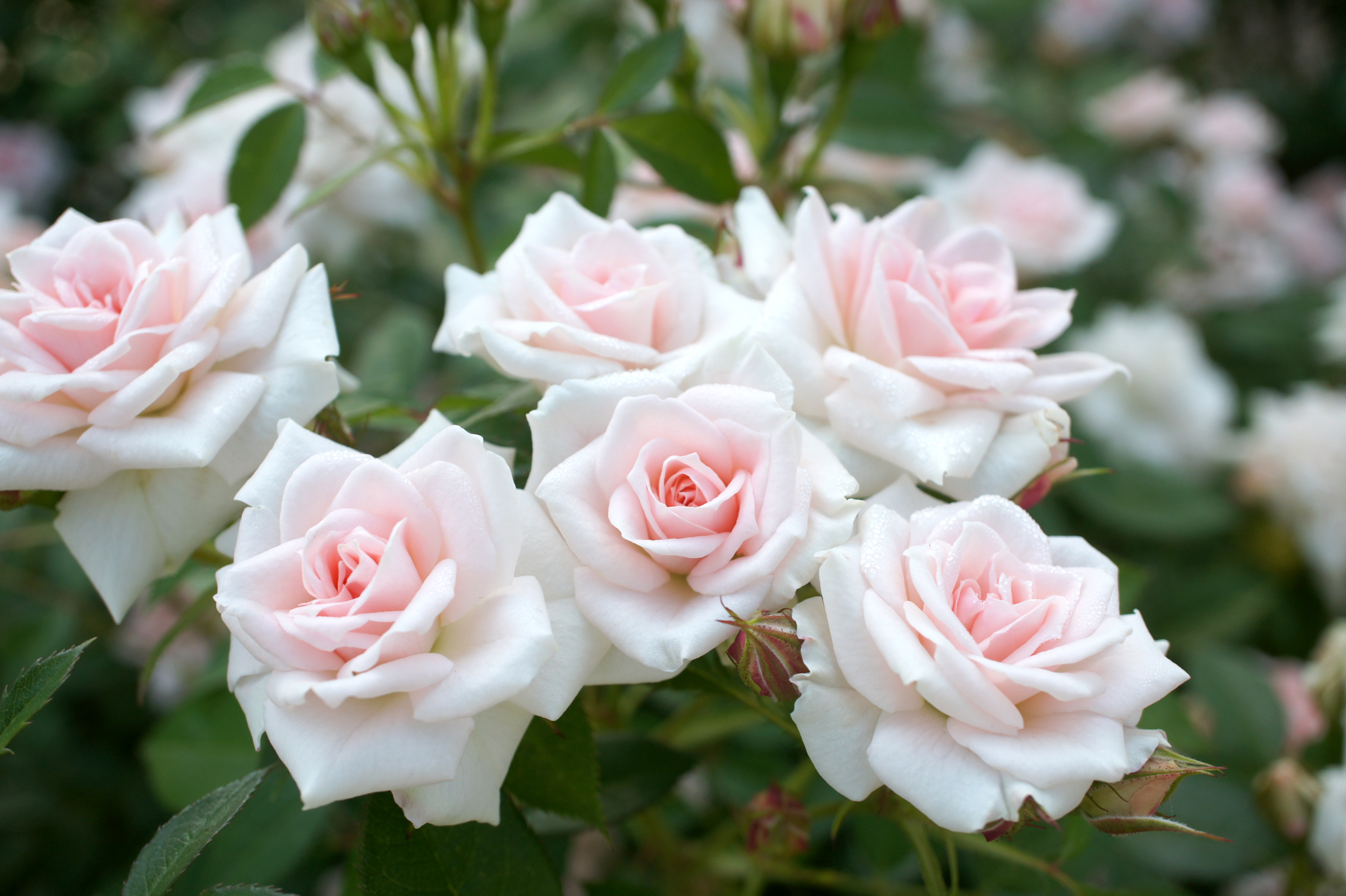
‘Sayokyoku’, Hirabayashi/Keisei Rose Nurseries, 1994/1996
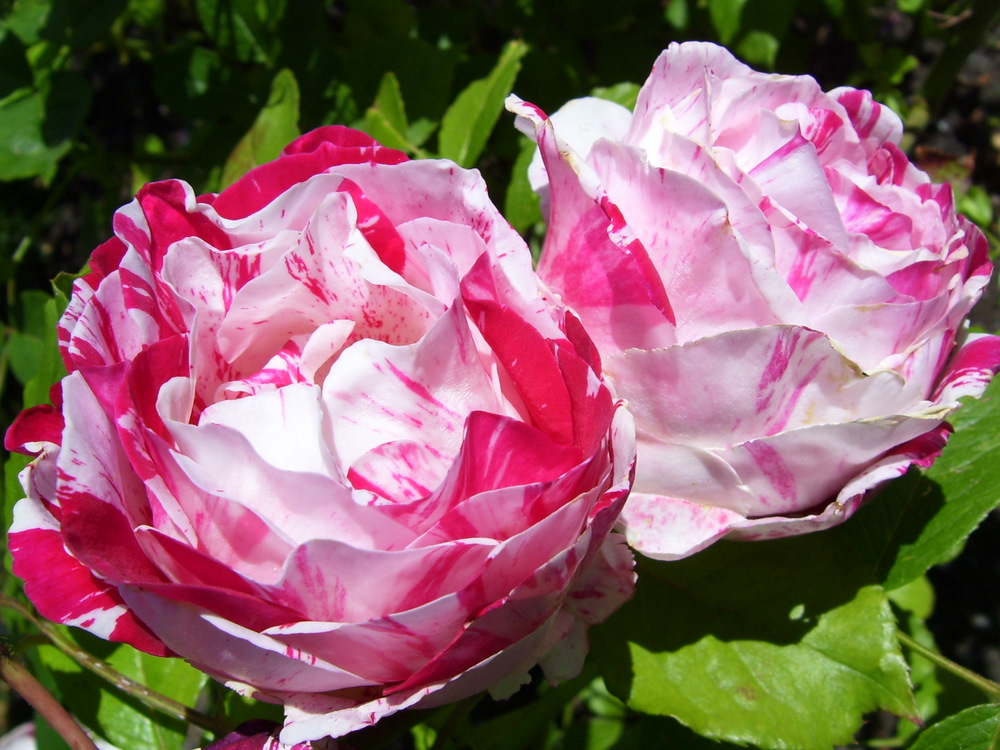
‘Scentimental’, Tom Carruth, 1996
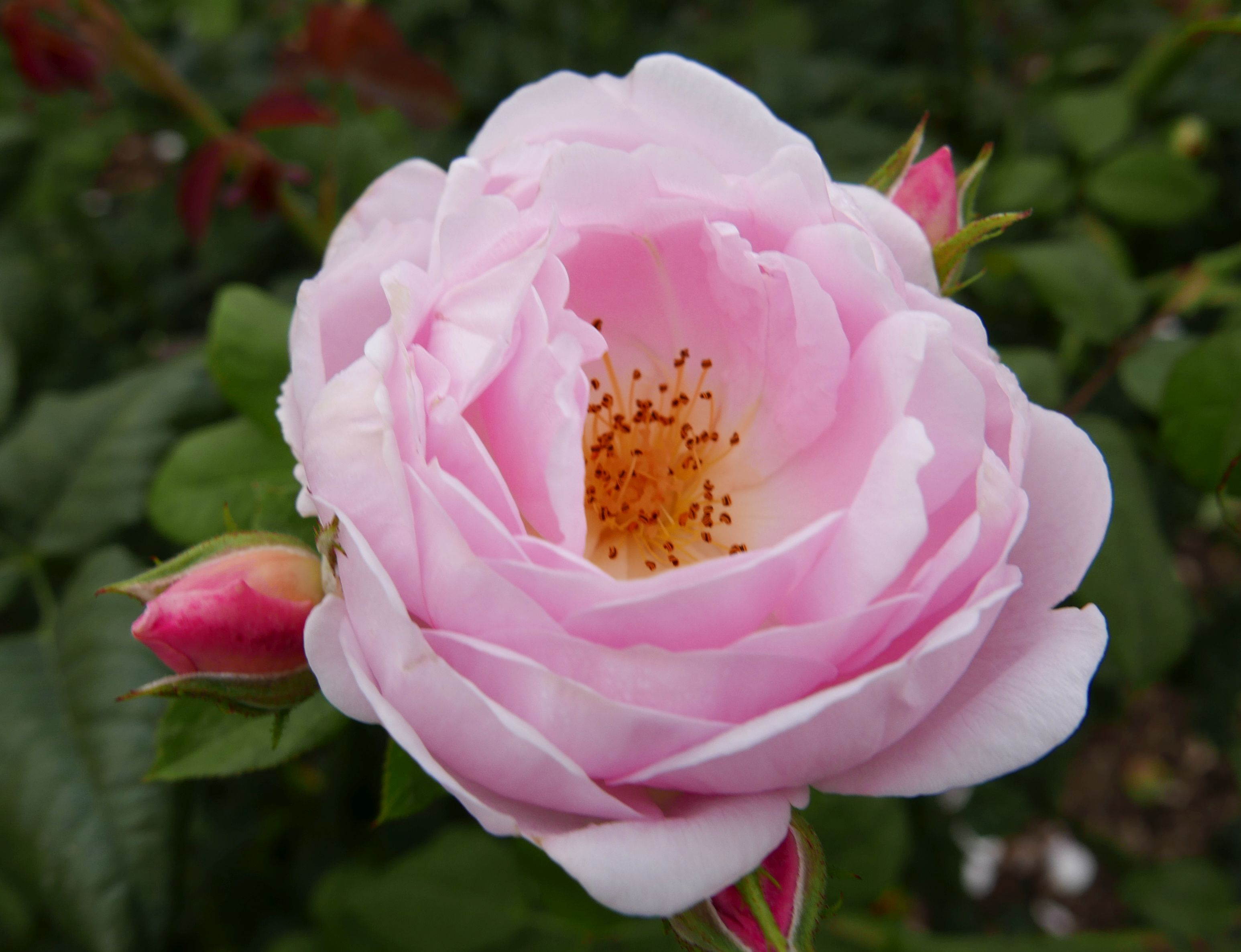
‘Scepter d’Isle’, Austin, 1989
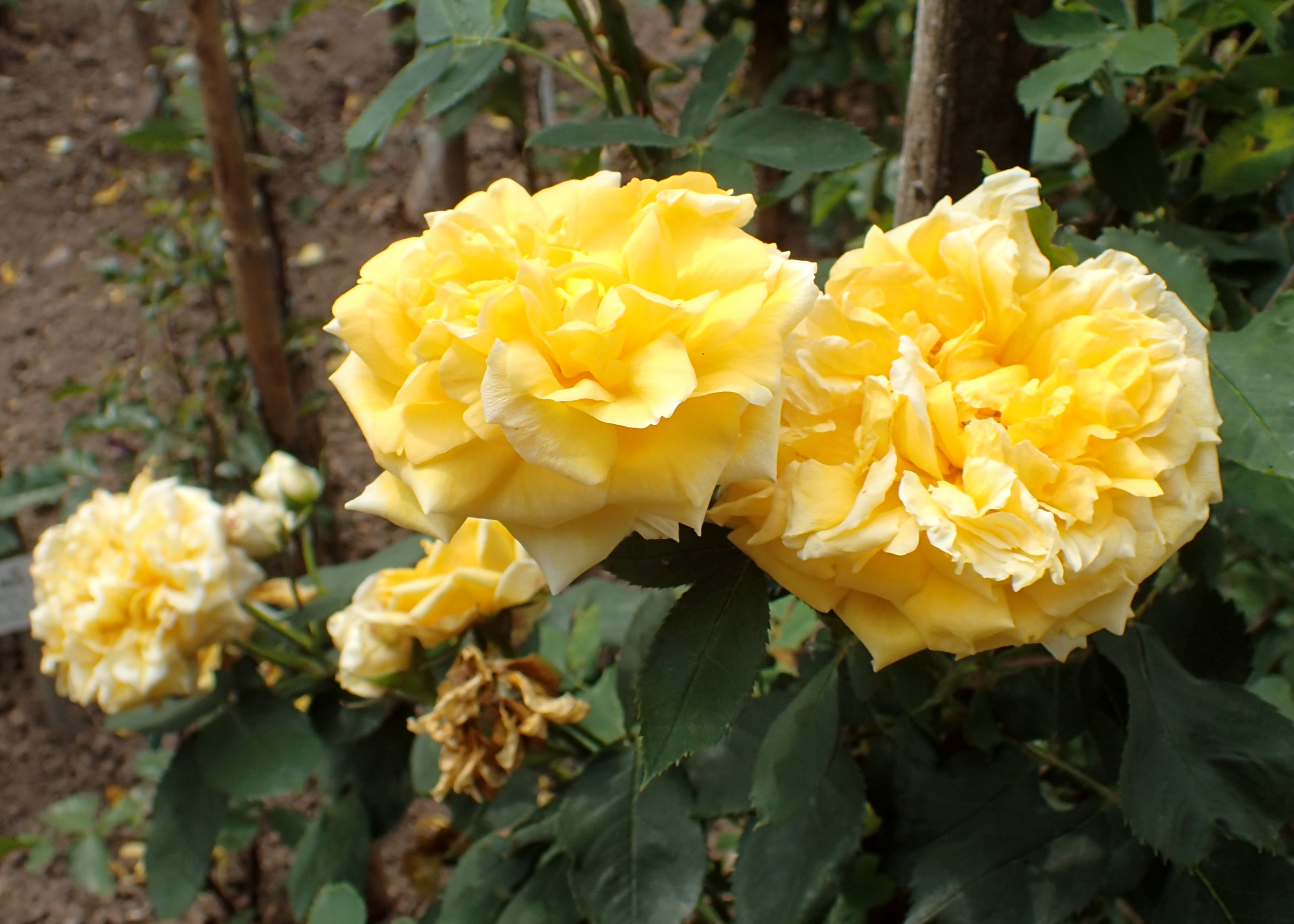
‘Schloss Dryburg’, Anni Berger/GPG Roter Oktober, 1969
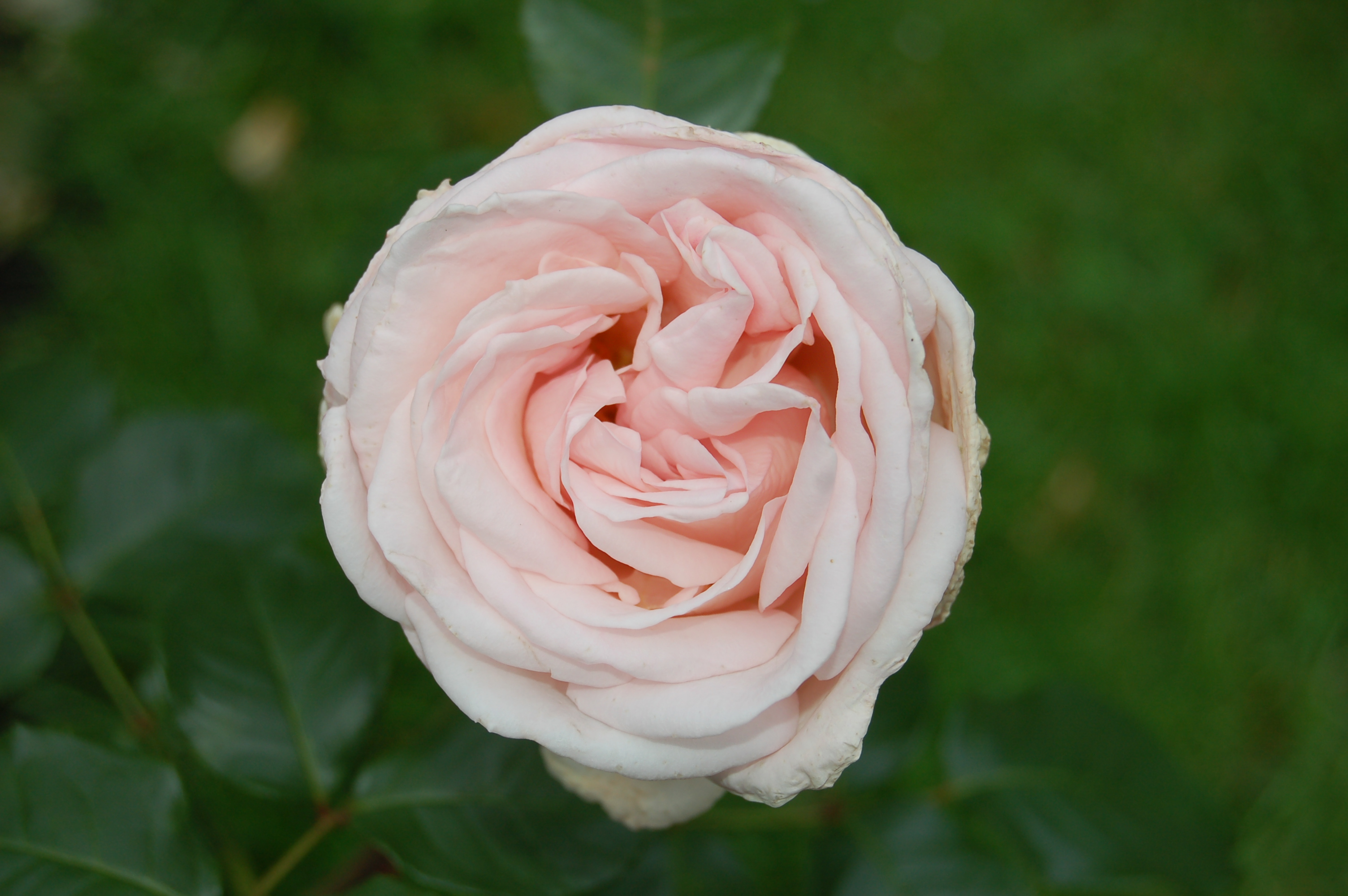
‘Schloss Ippenburg’, Meilland, 2007
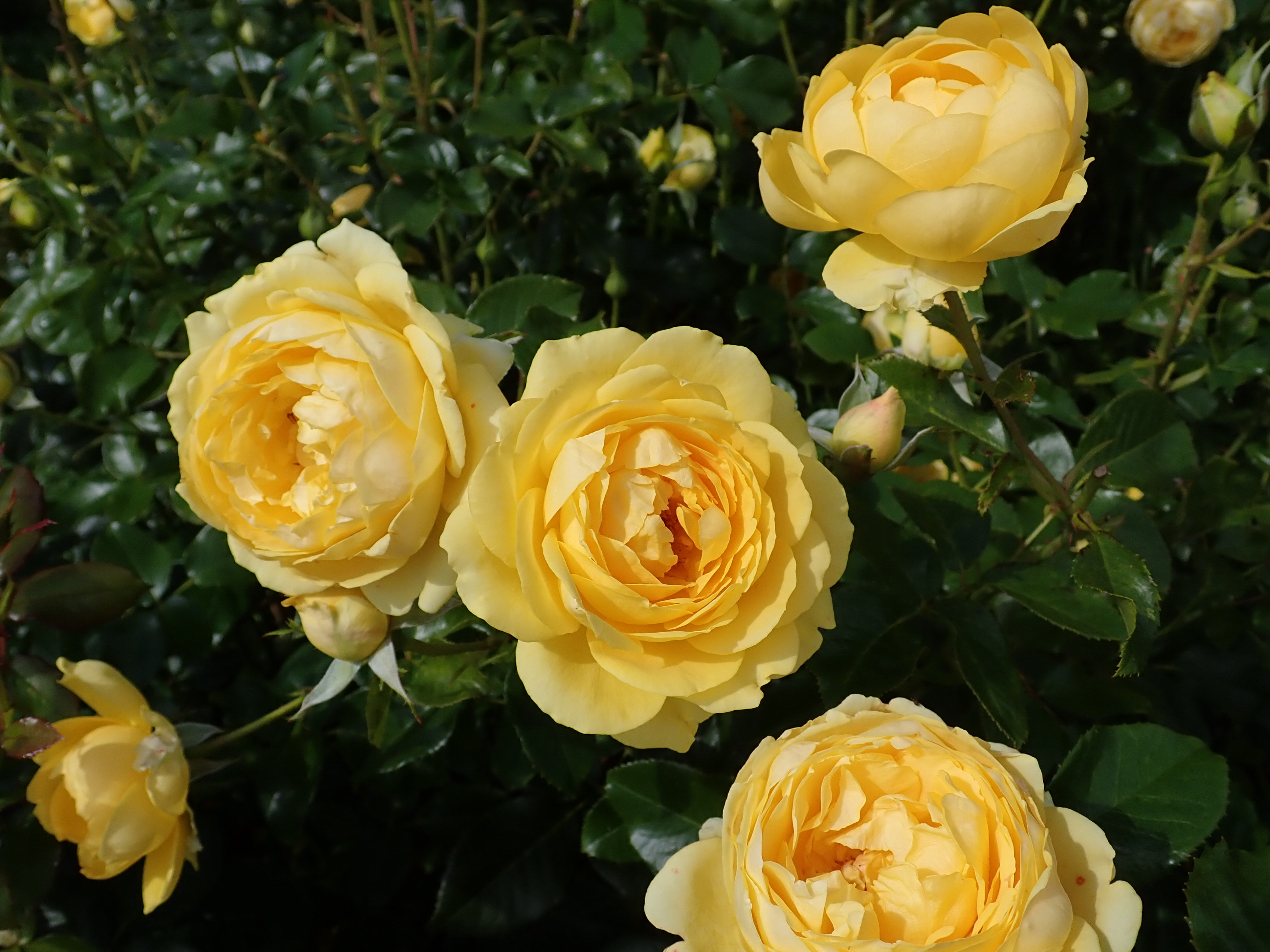
‘Schloss Neuschwanstein’ (‘Summer Gold’, ‘Marselisborg Castle’), Olesen/Poulsen, 1995
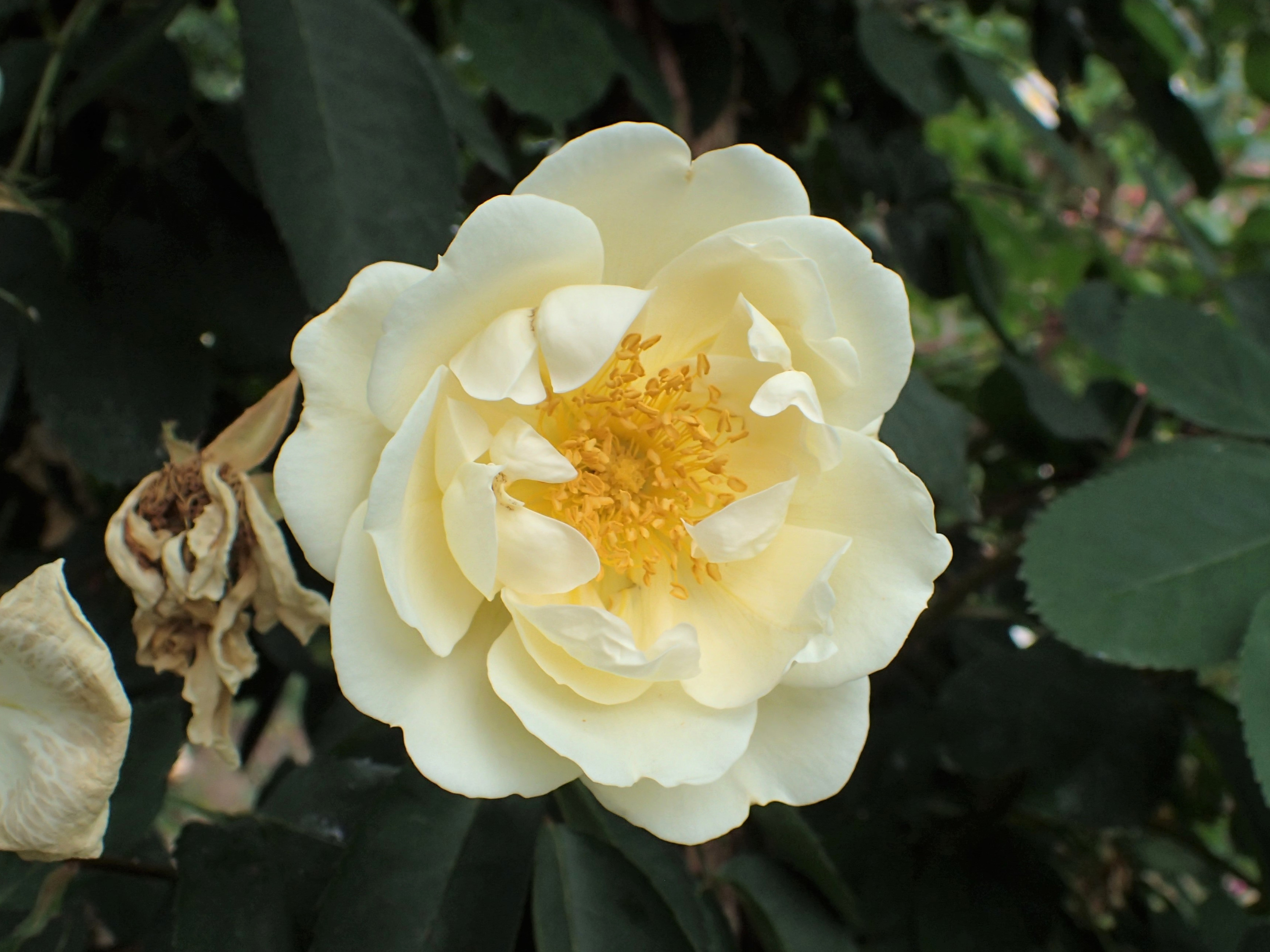
‘Schloss Seußlitz’, Ernst Dechant, 1933
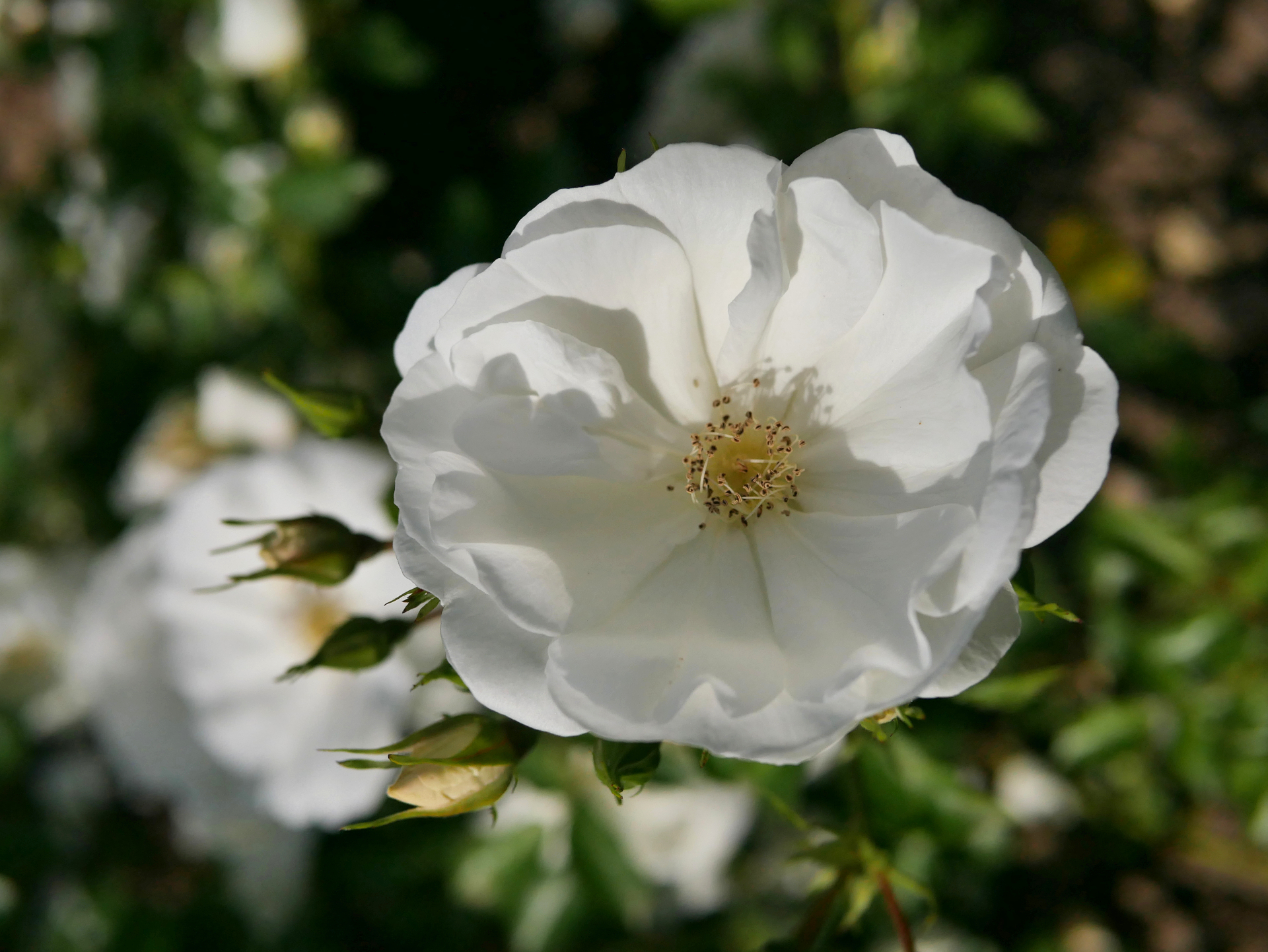
Schneeflocke (Rose), Noack, 1991
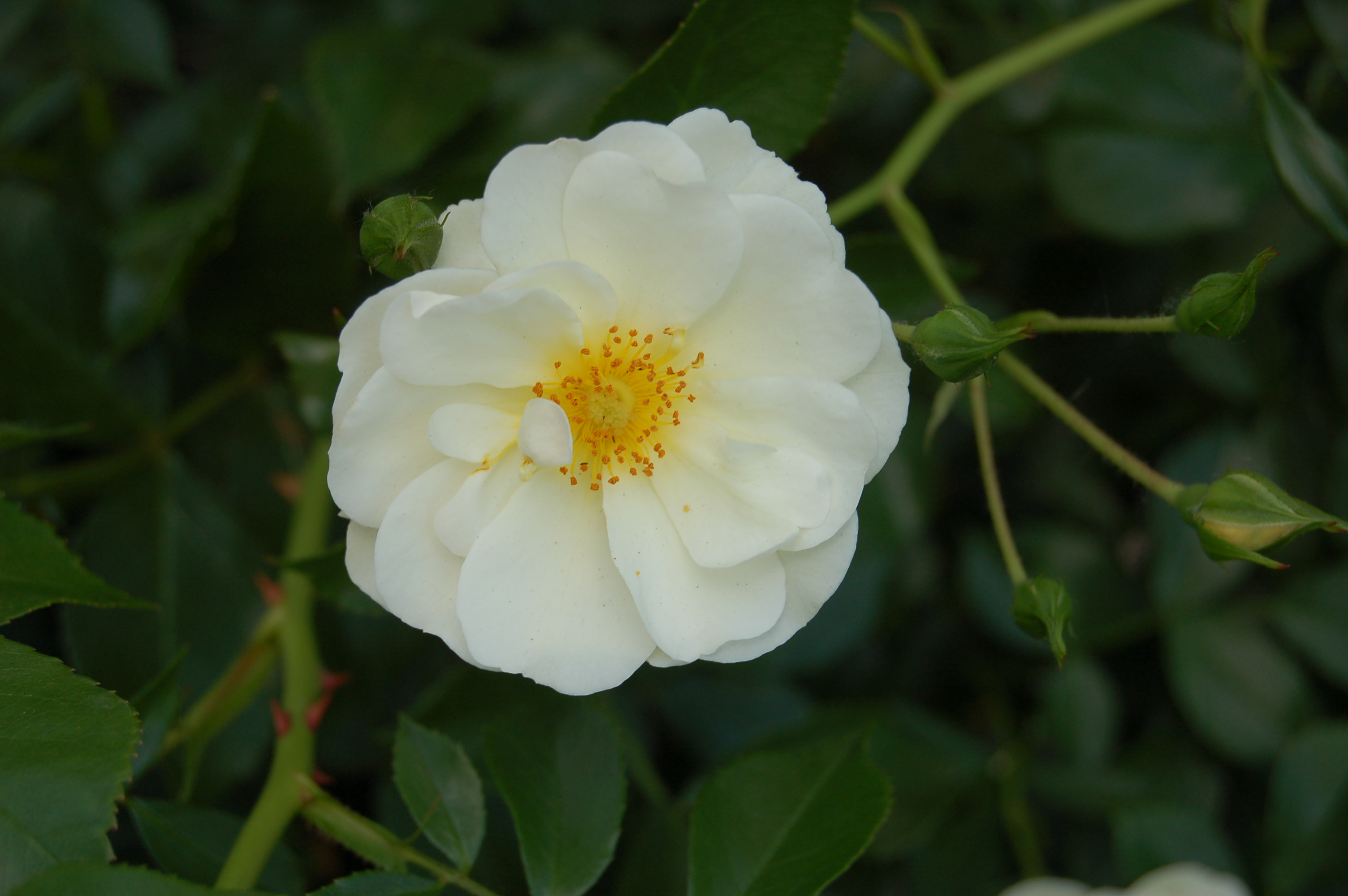
‘Schneekönigin’, Tantau, 1992
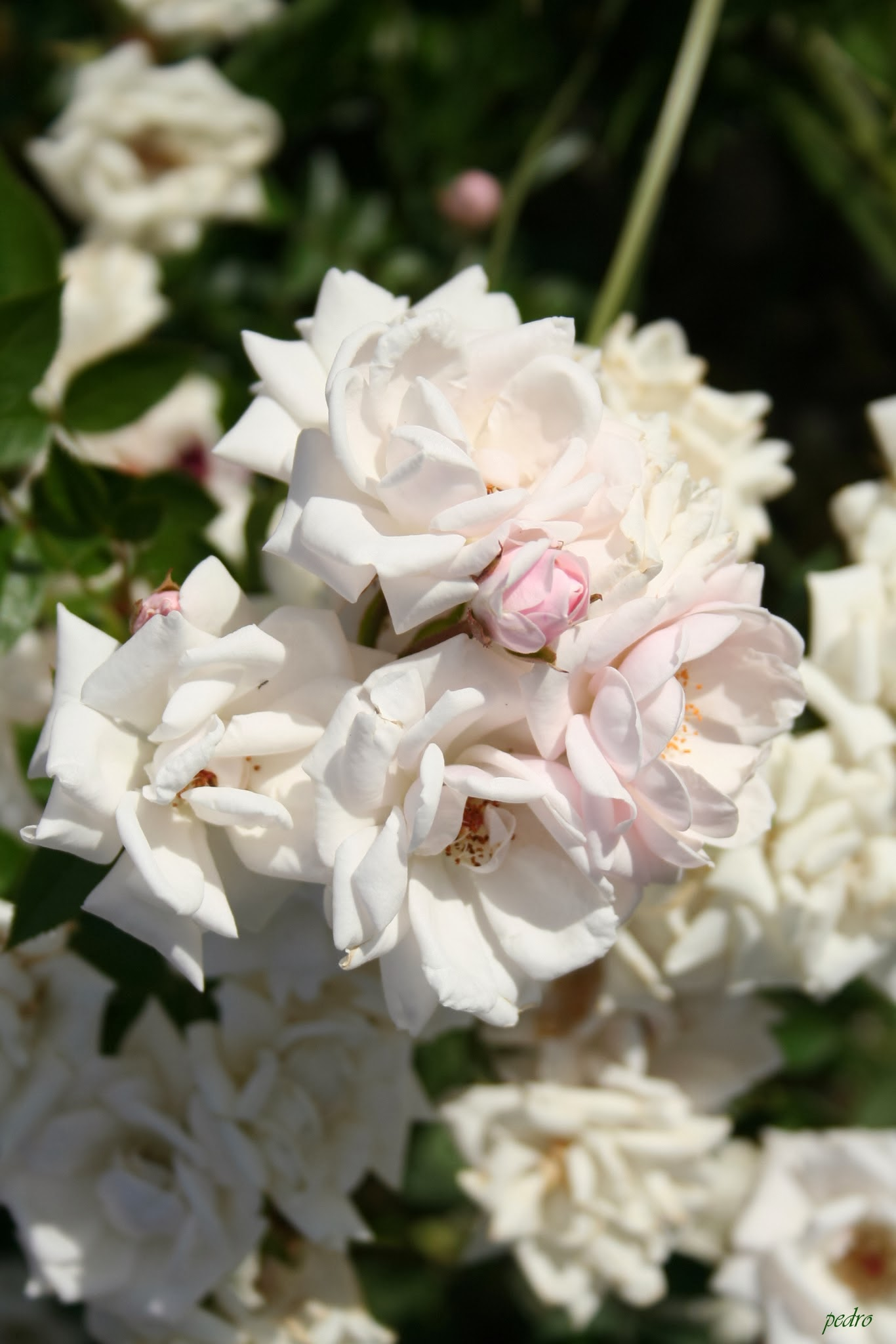
‘Schneeküsschen’, Kordes, 2016
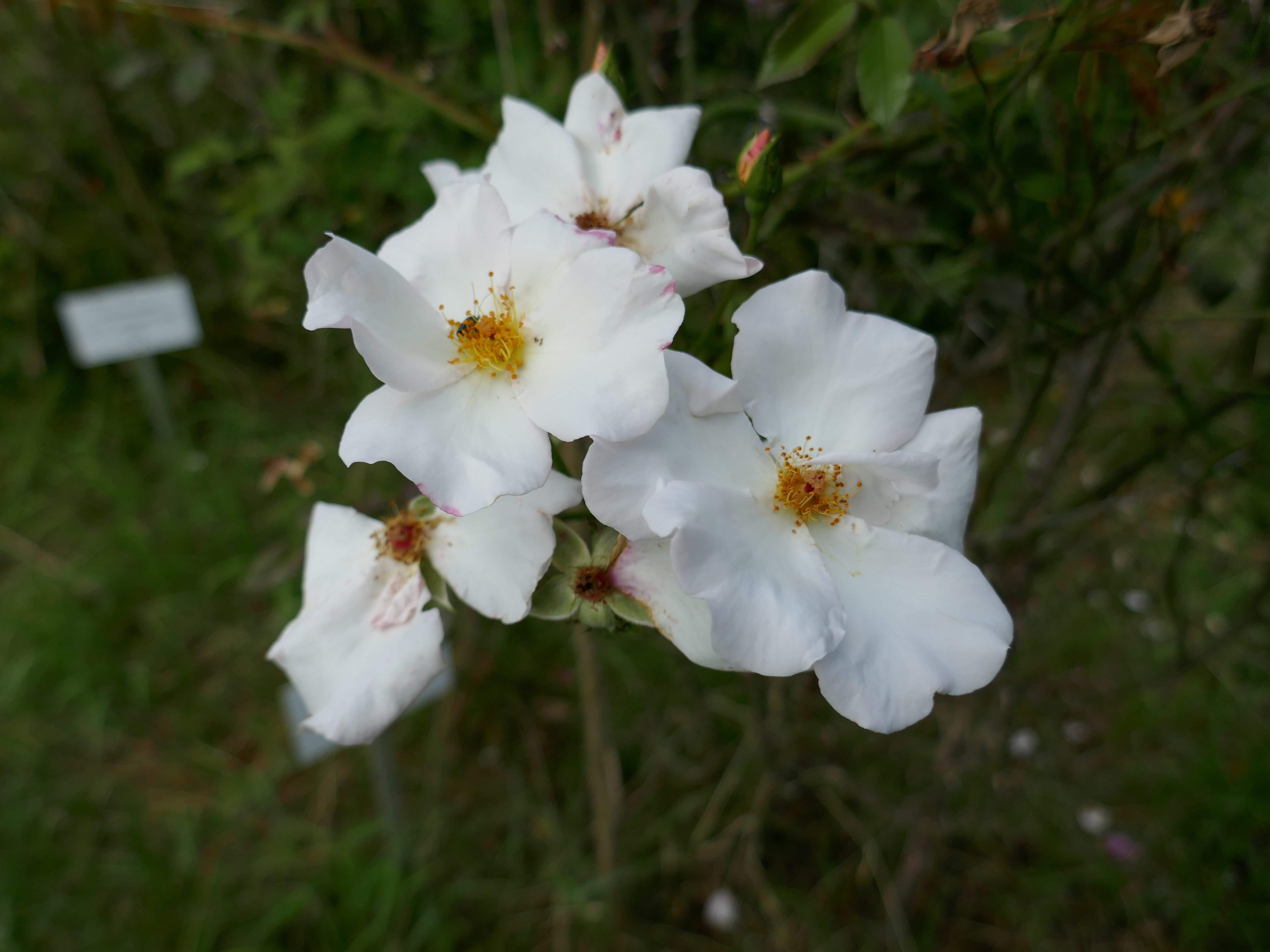
‘Schneeschirm’, Tantau, 1946
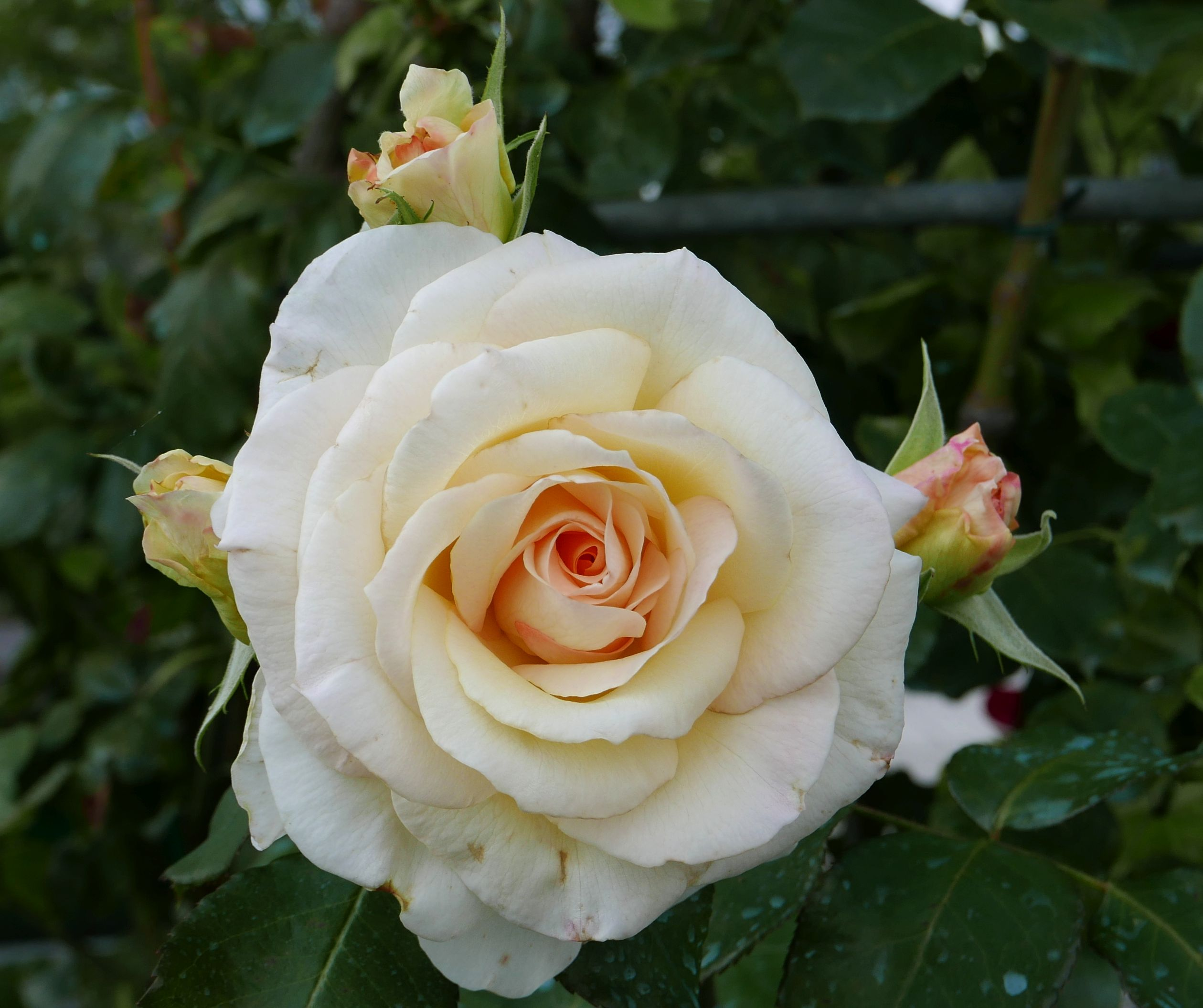
‘Schneewalzer’, Tantau, 1987
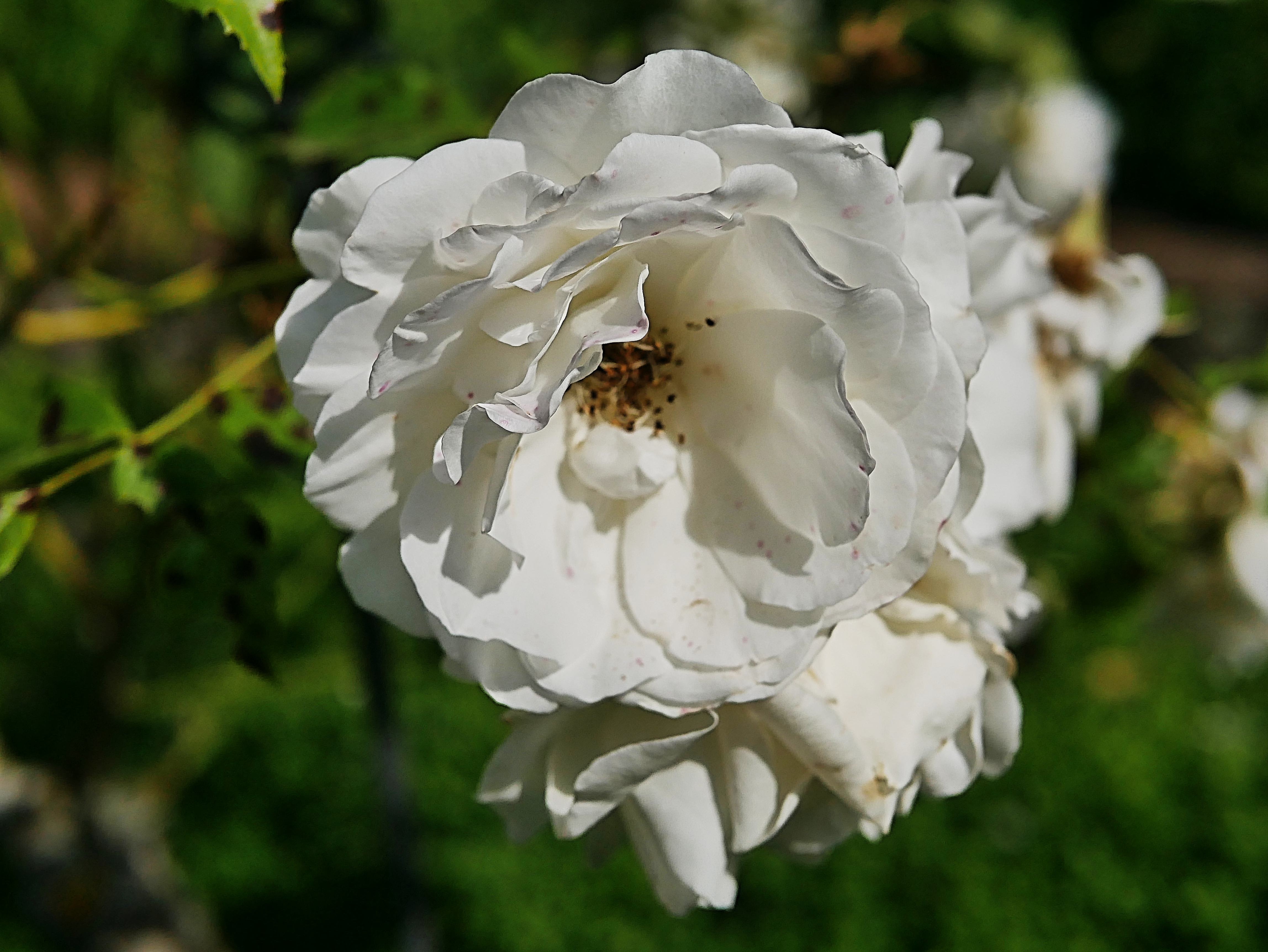
‘Schneewittchen’, Kordes, 1958
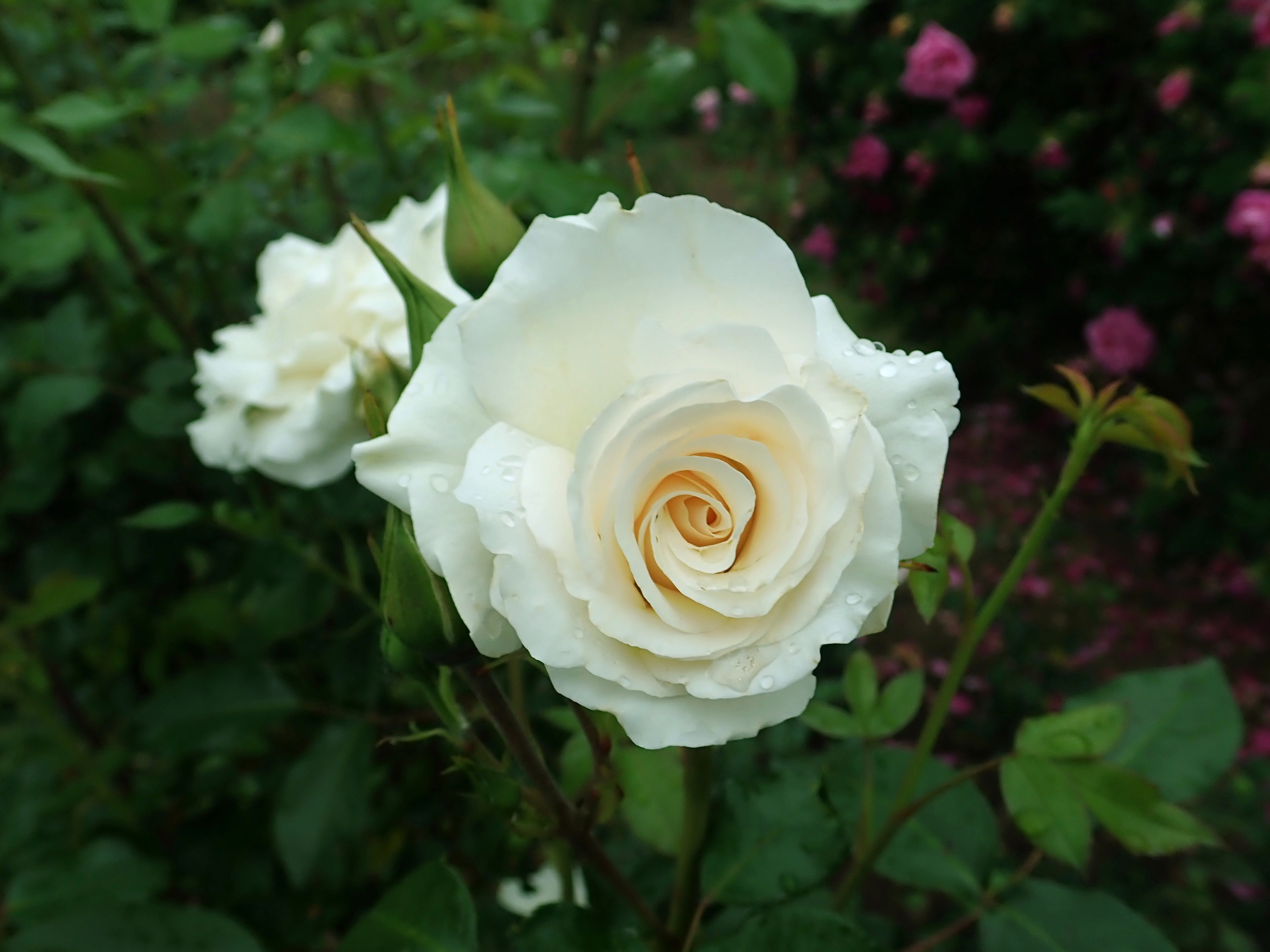
‘Schneezauber’, Hempelmann, 1997
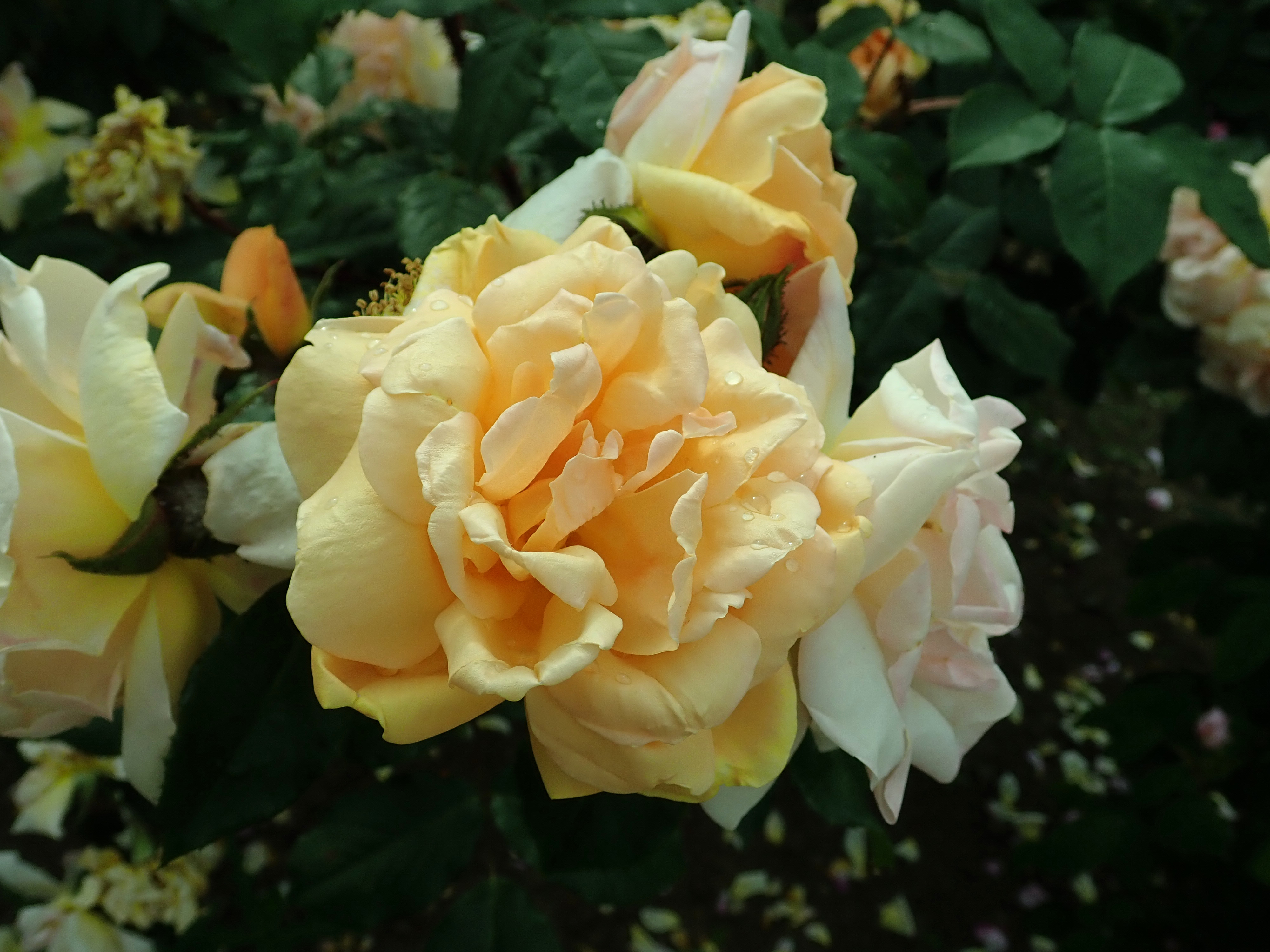
‘Scholles Gelbe Moosrose’, Ewald Scholle, um 1985
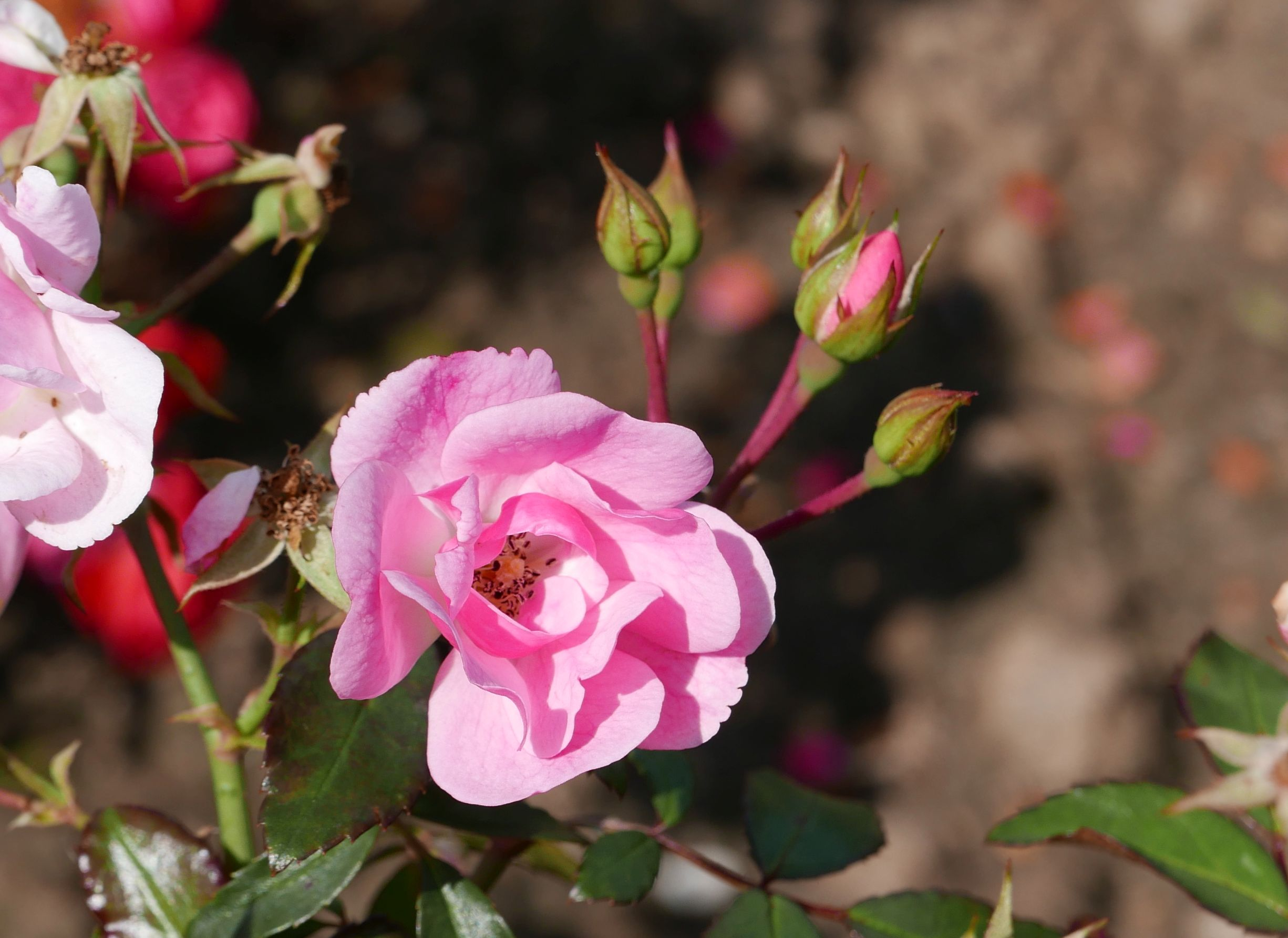
‘Schöne Dortmunderin’, Noack, 1989
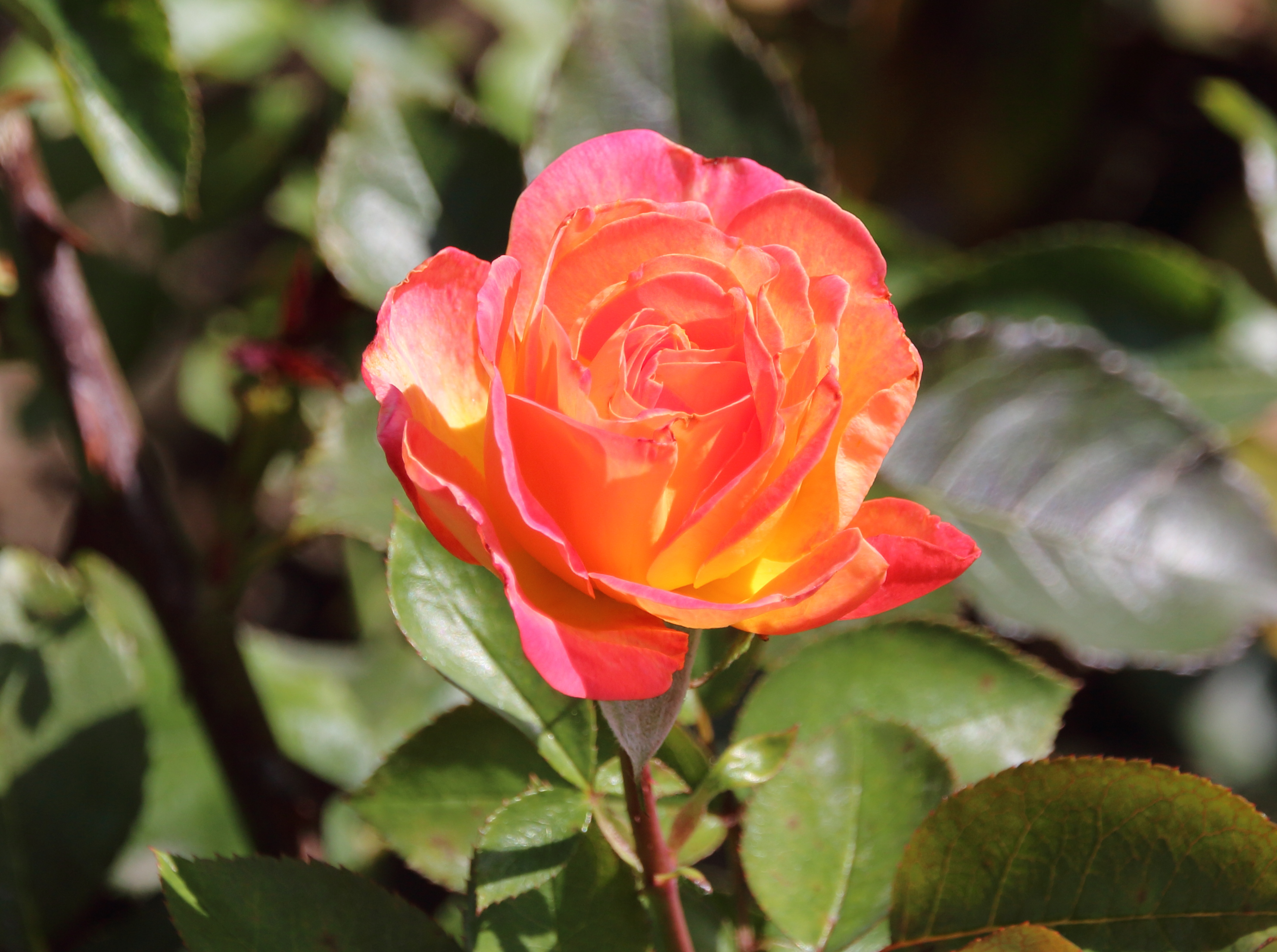
‘Schönes Eltville’, Tagashira, 1993
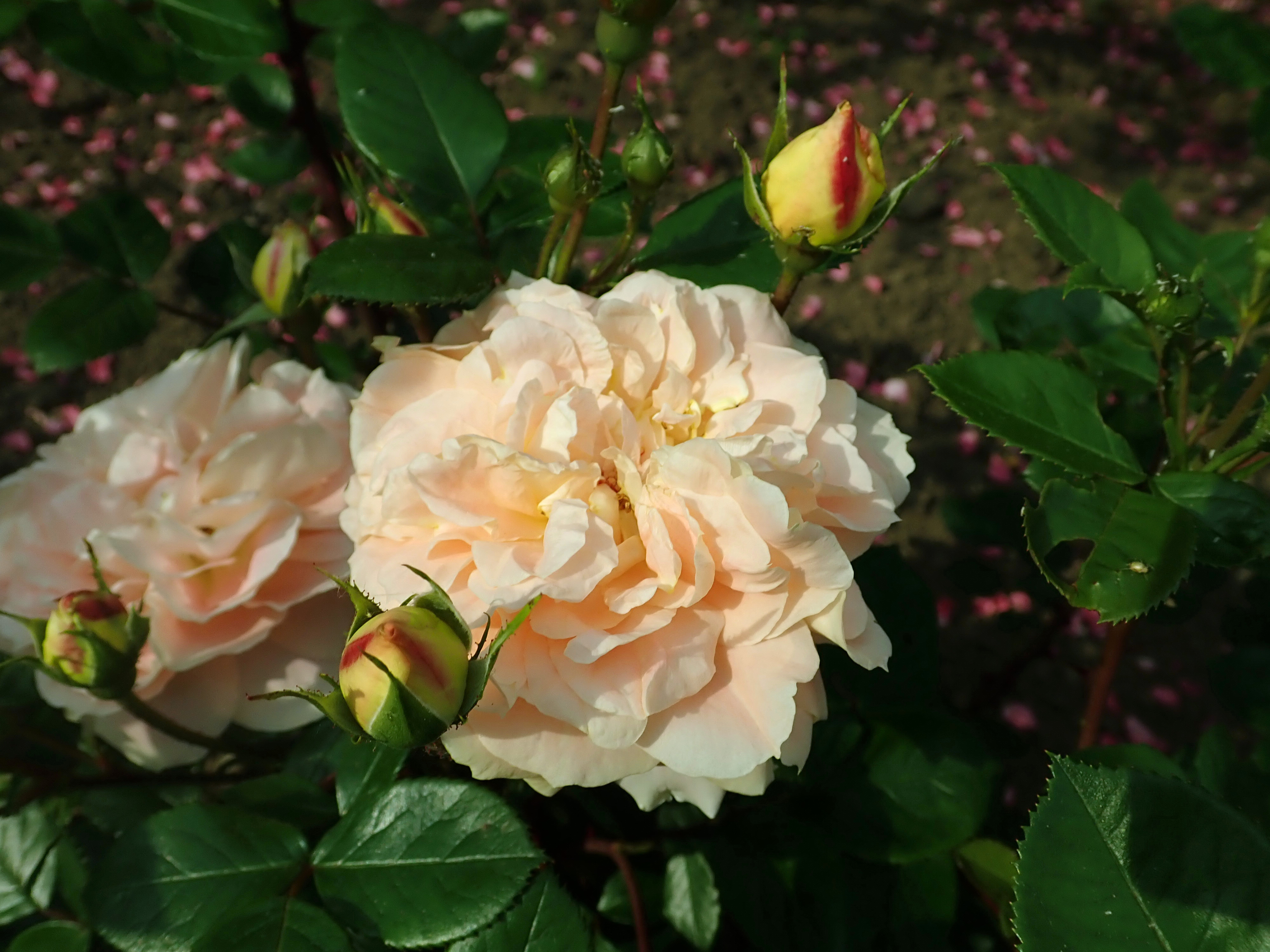
‘Schöne vom See’, Kordes, 2001/2013
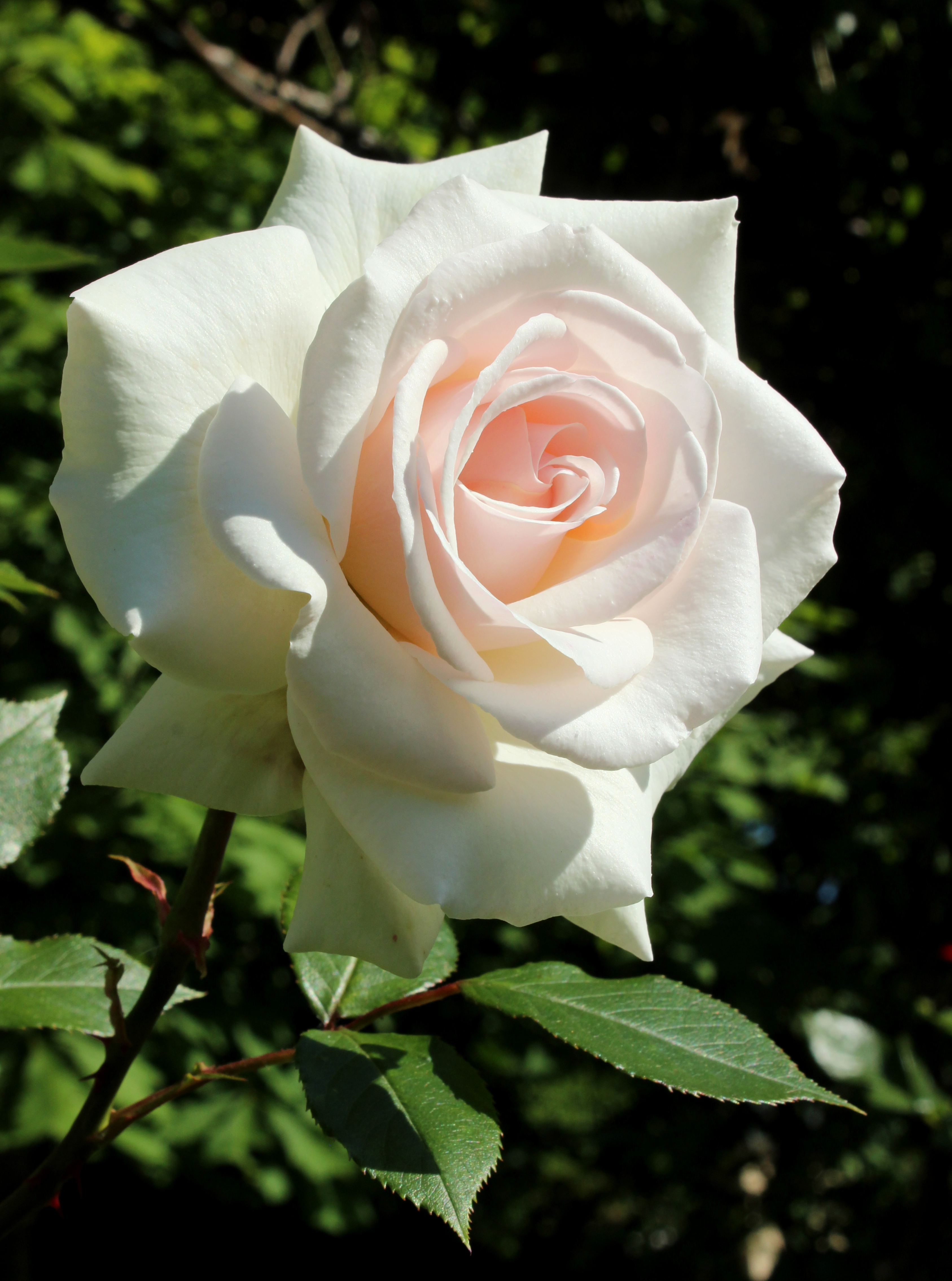
‘Schwanensee’ (eigtl. ‘Swanlake’), Samuel Darragh McGredy IV, 1961
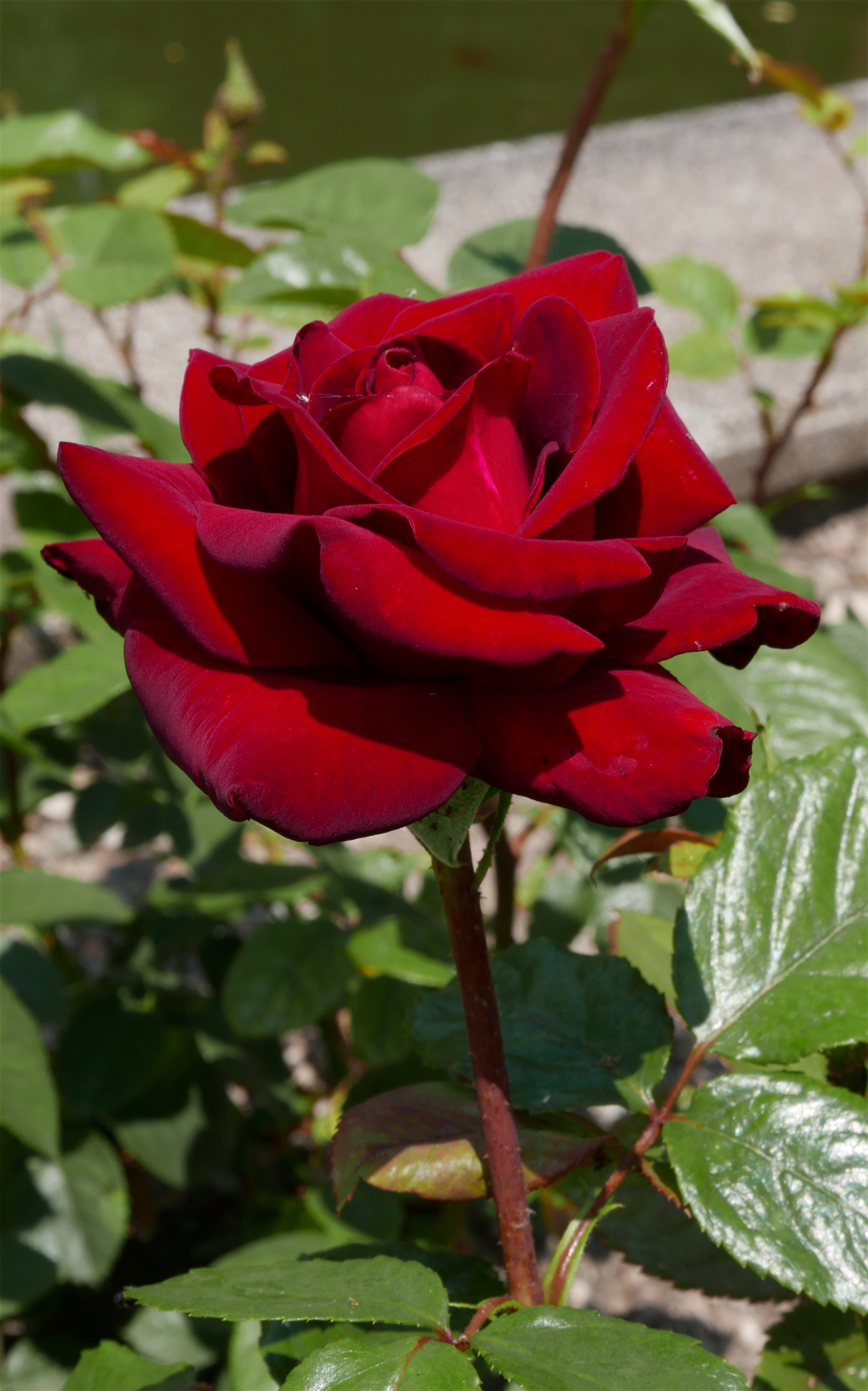
‘Schwarze Madonna’, Kordes, 1992
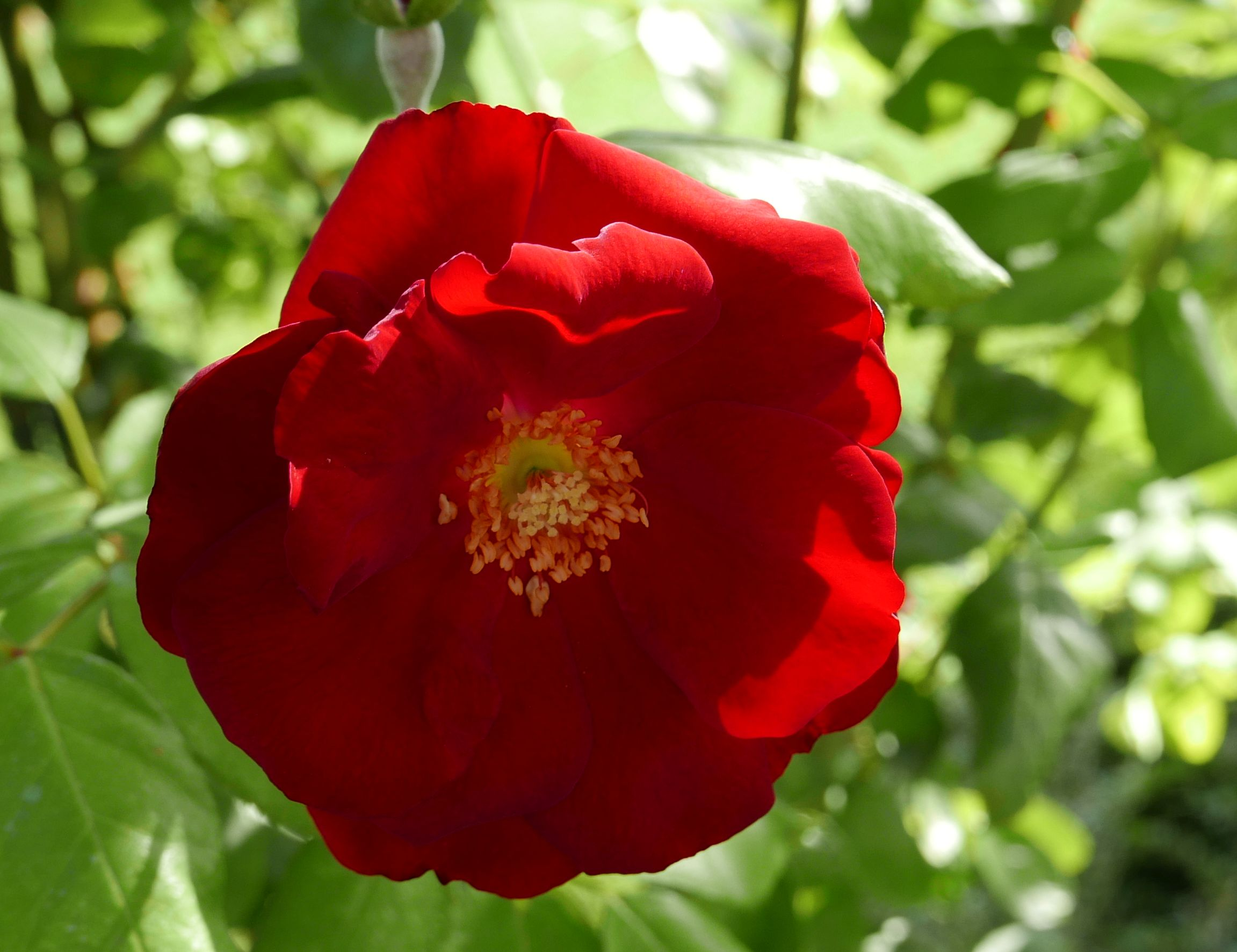
‘Schwarzer Samt’, VEG Baumschulen Dresden, 1969
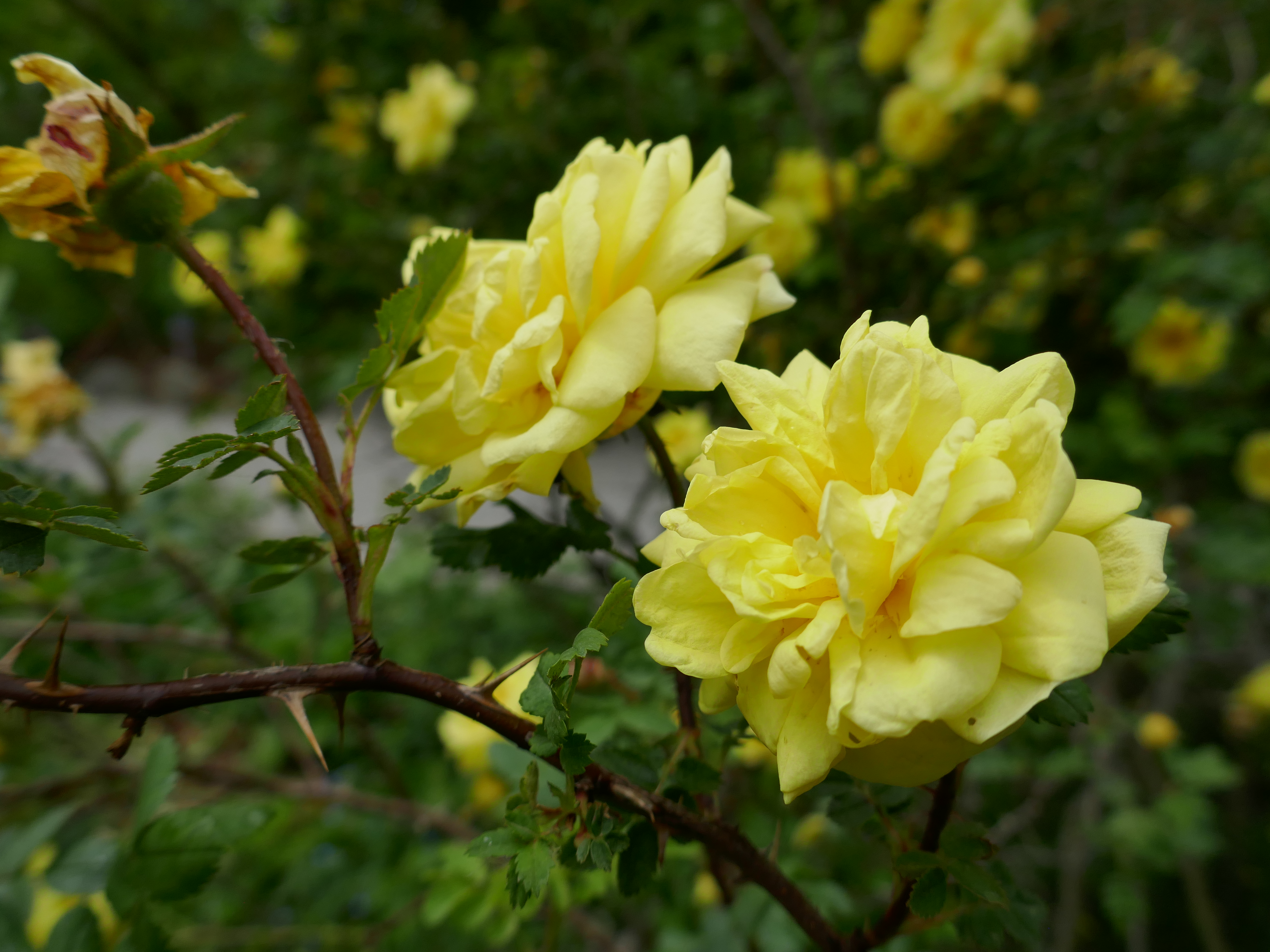
Schwefelrose, vor 1516
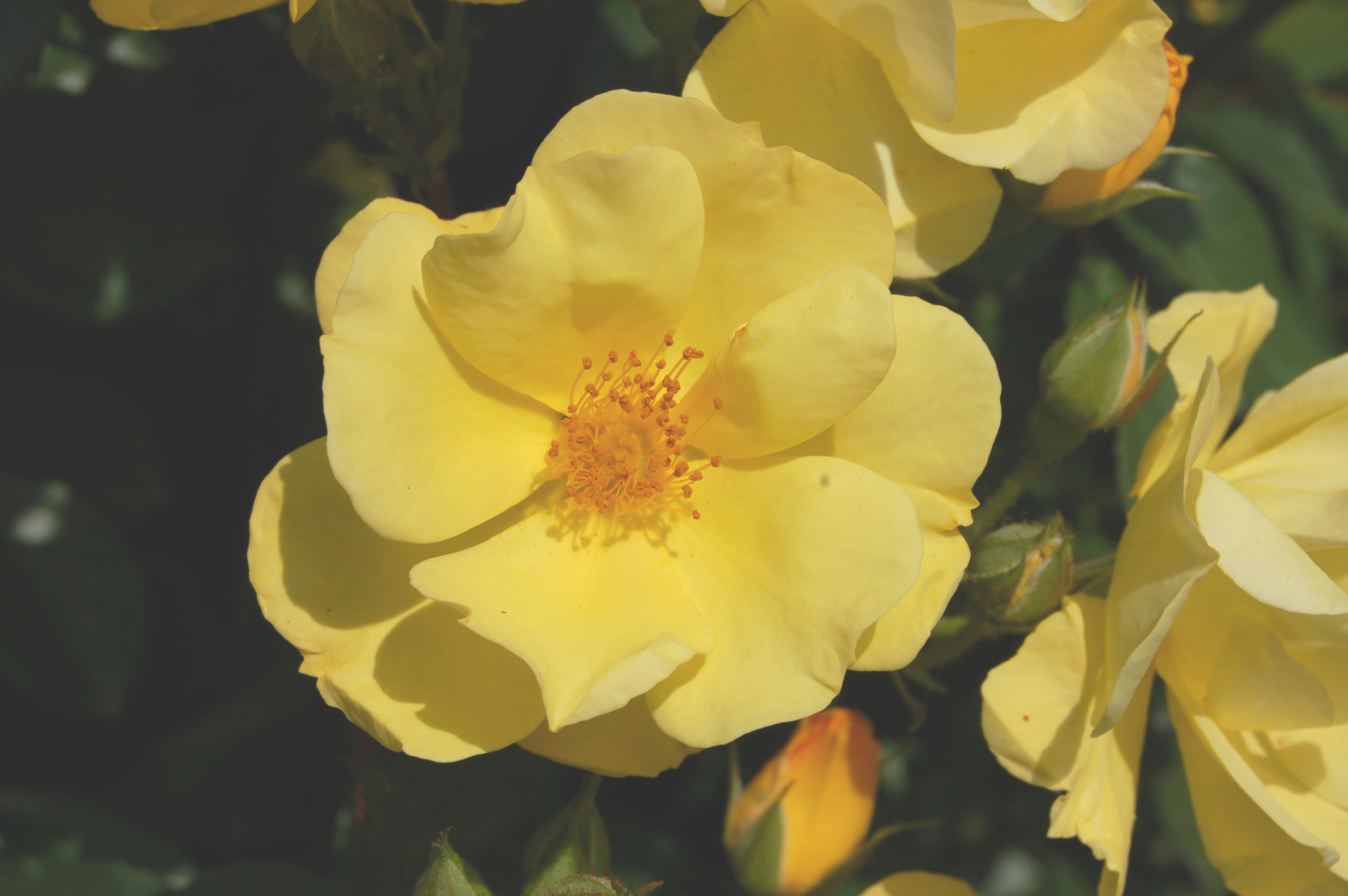
‘Schweizer Gruß’, Tantau, 1952
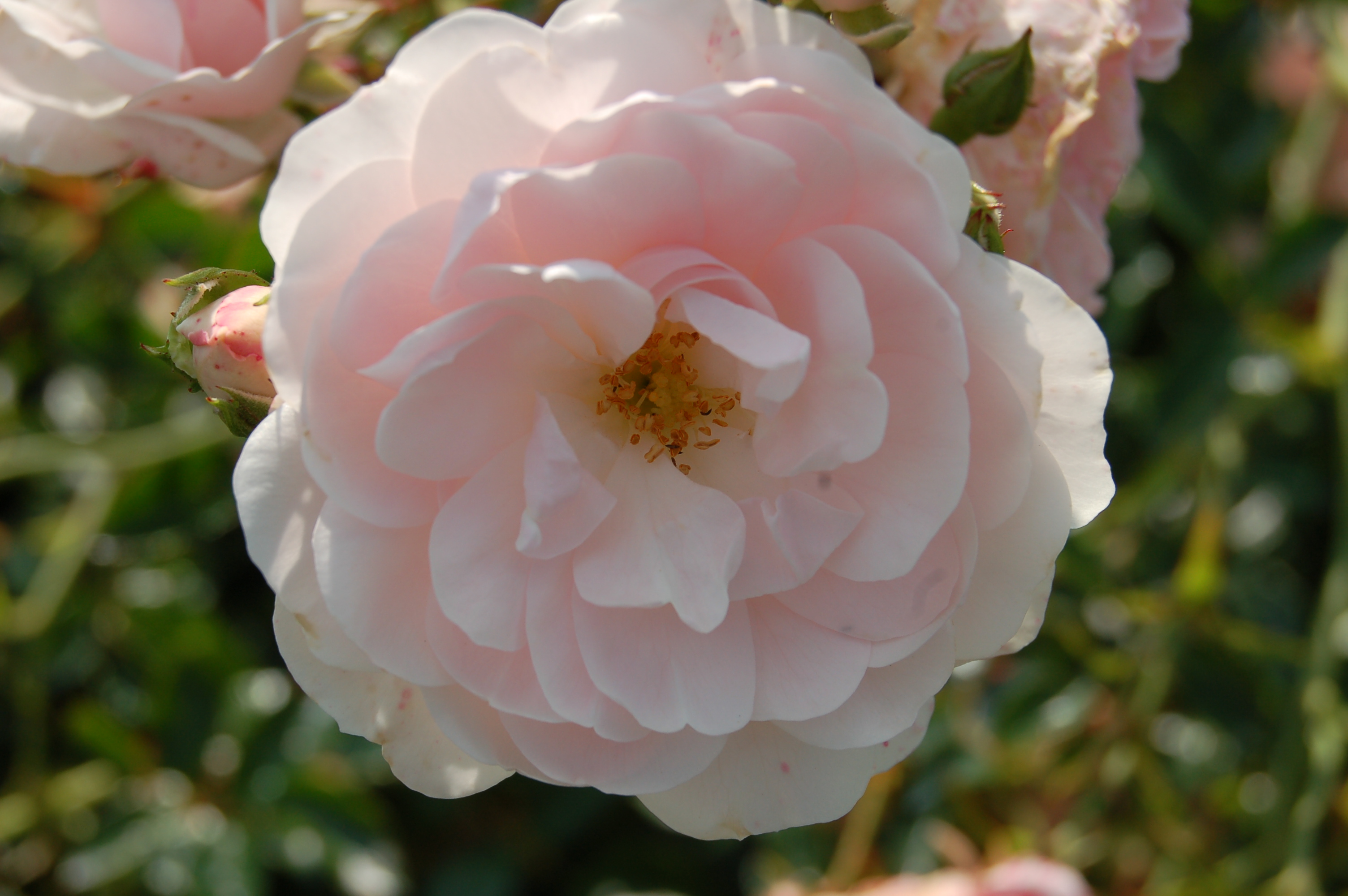
‘Sea Foam’, Schwartz, 1964
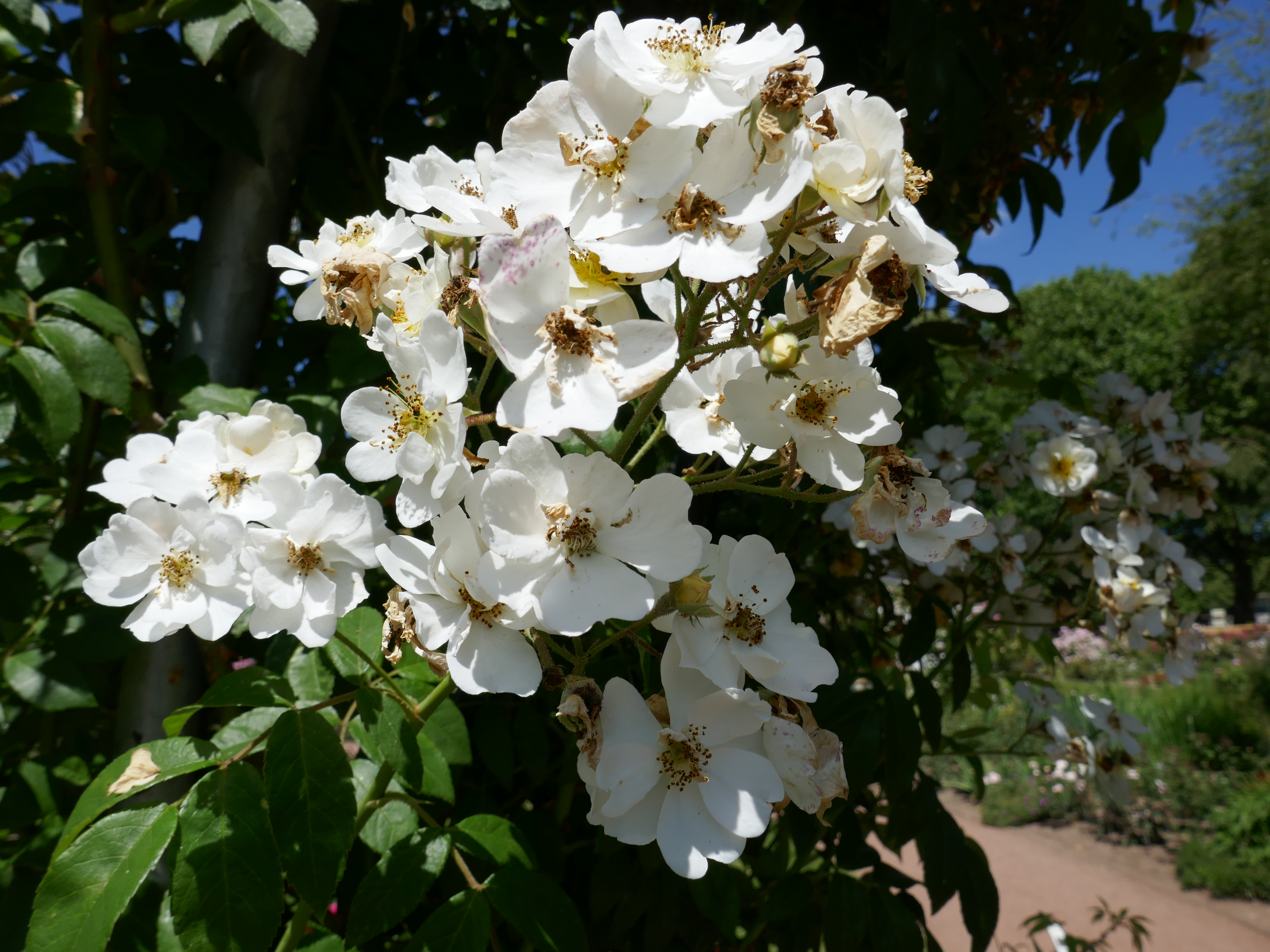
‘Seagull’, Pritchard, 1907
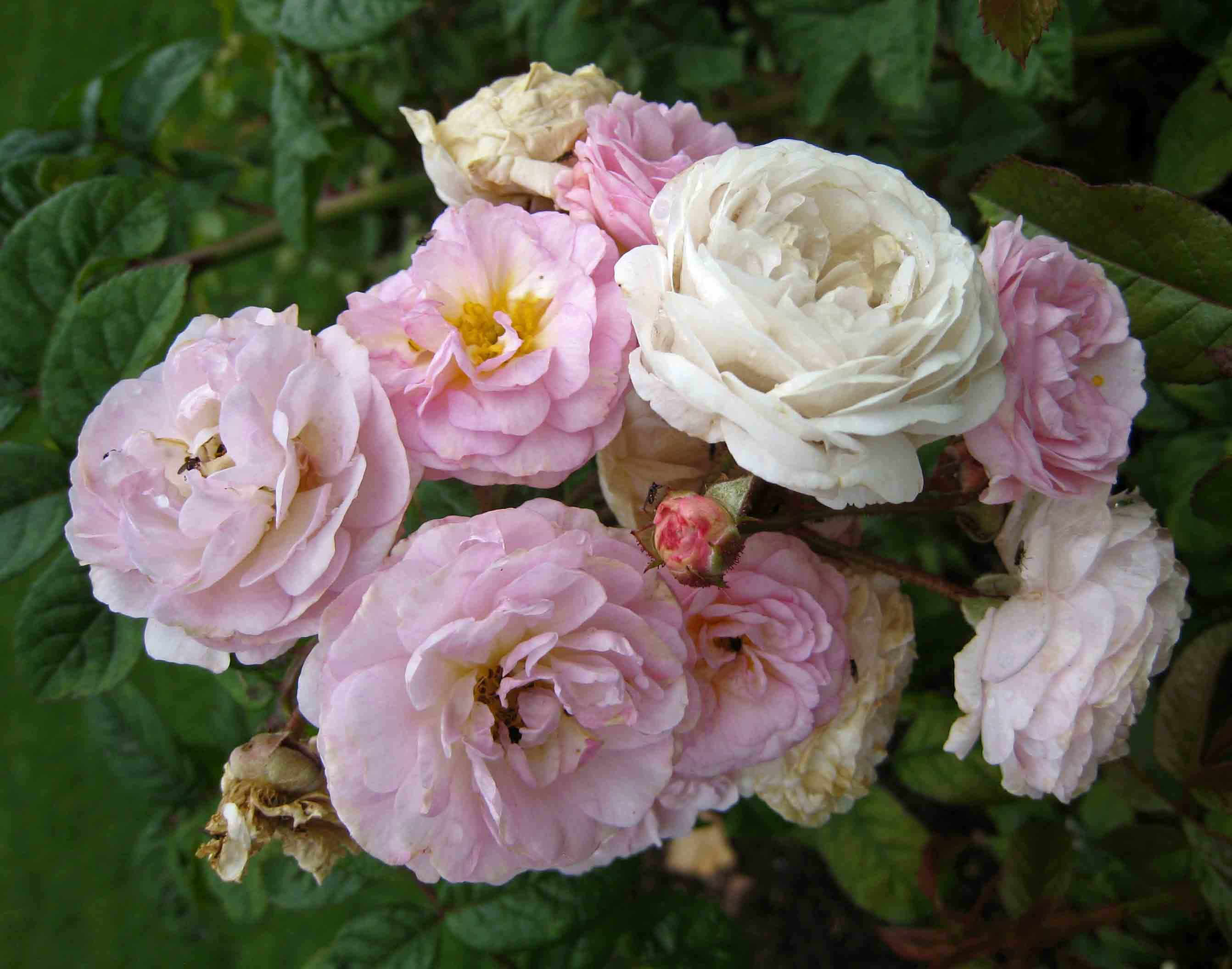
‘Sea Spray’, Pemberton, 1923
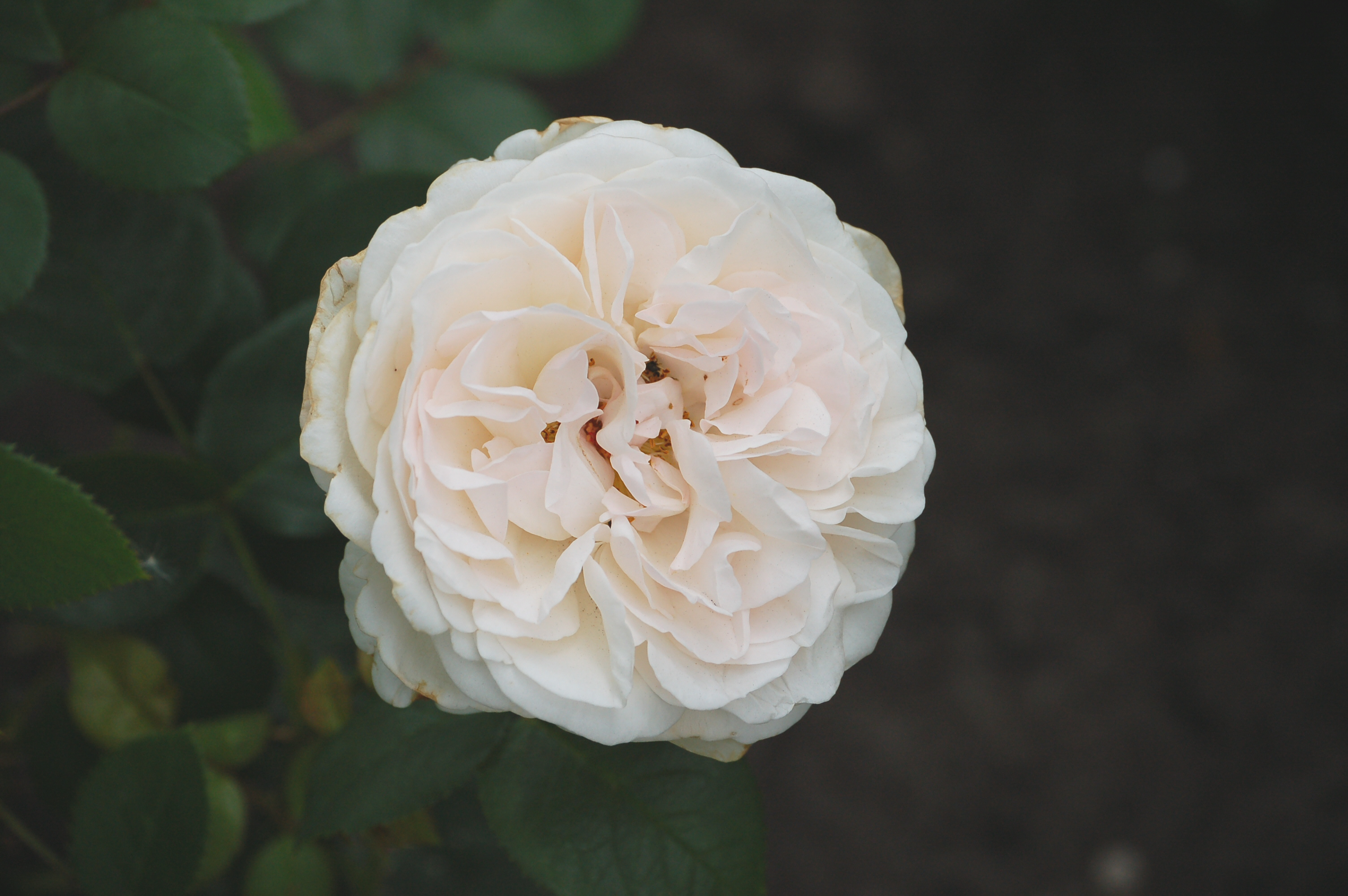
‘Sebastian Kneipp’, Kordes, 1997
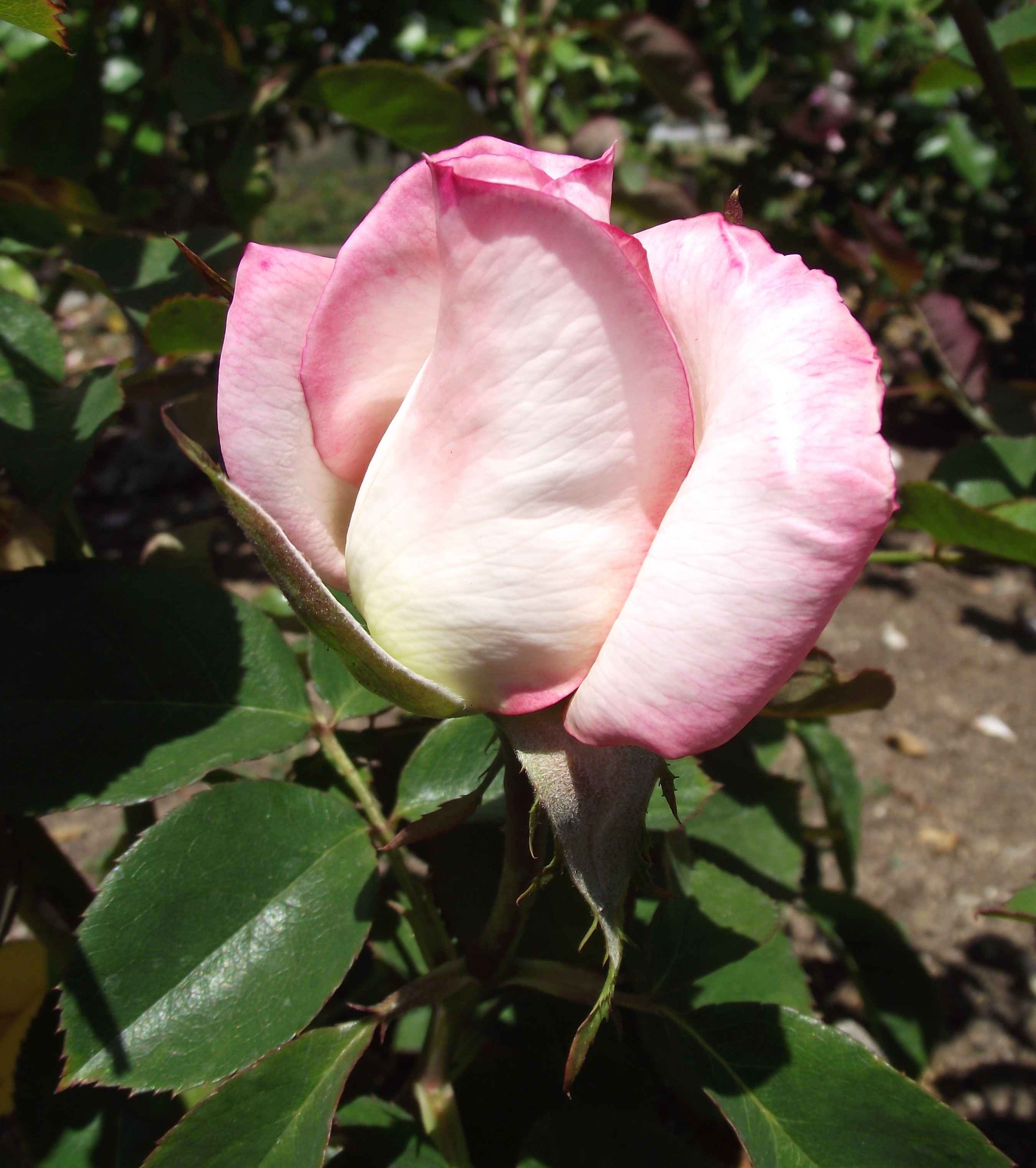
‘Secret’, Daniel Tracy, 1992
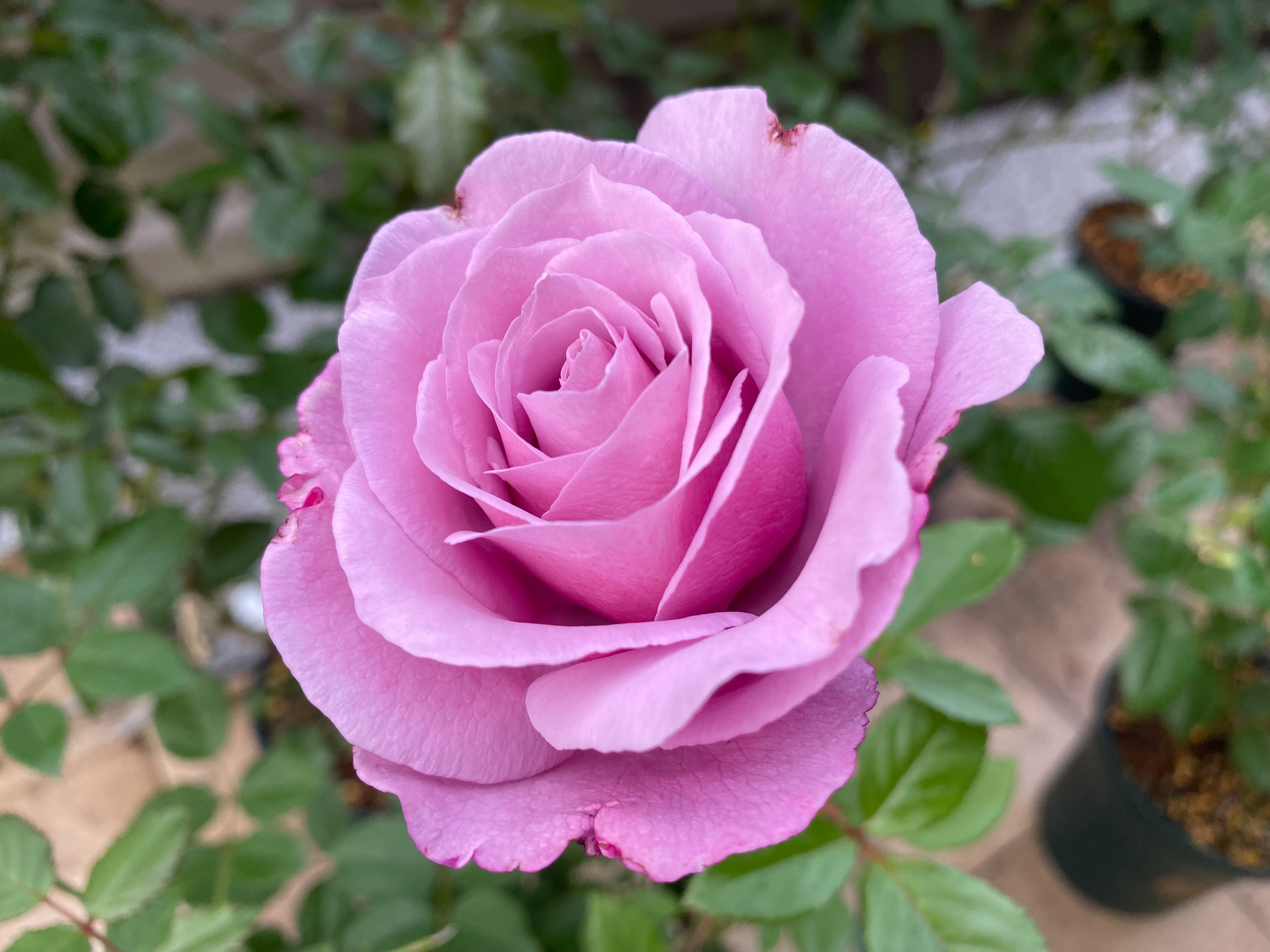
‘Secret Perfume’, Keith W. Zary/Jackson & Perkins, 2008
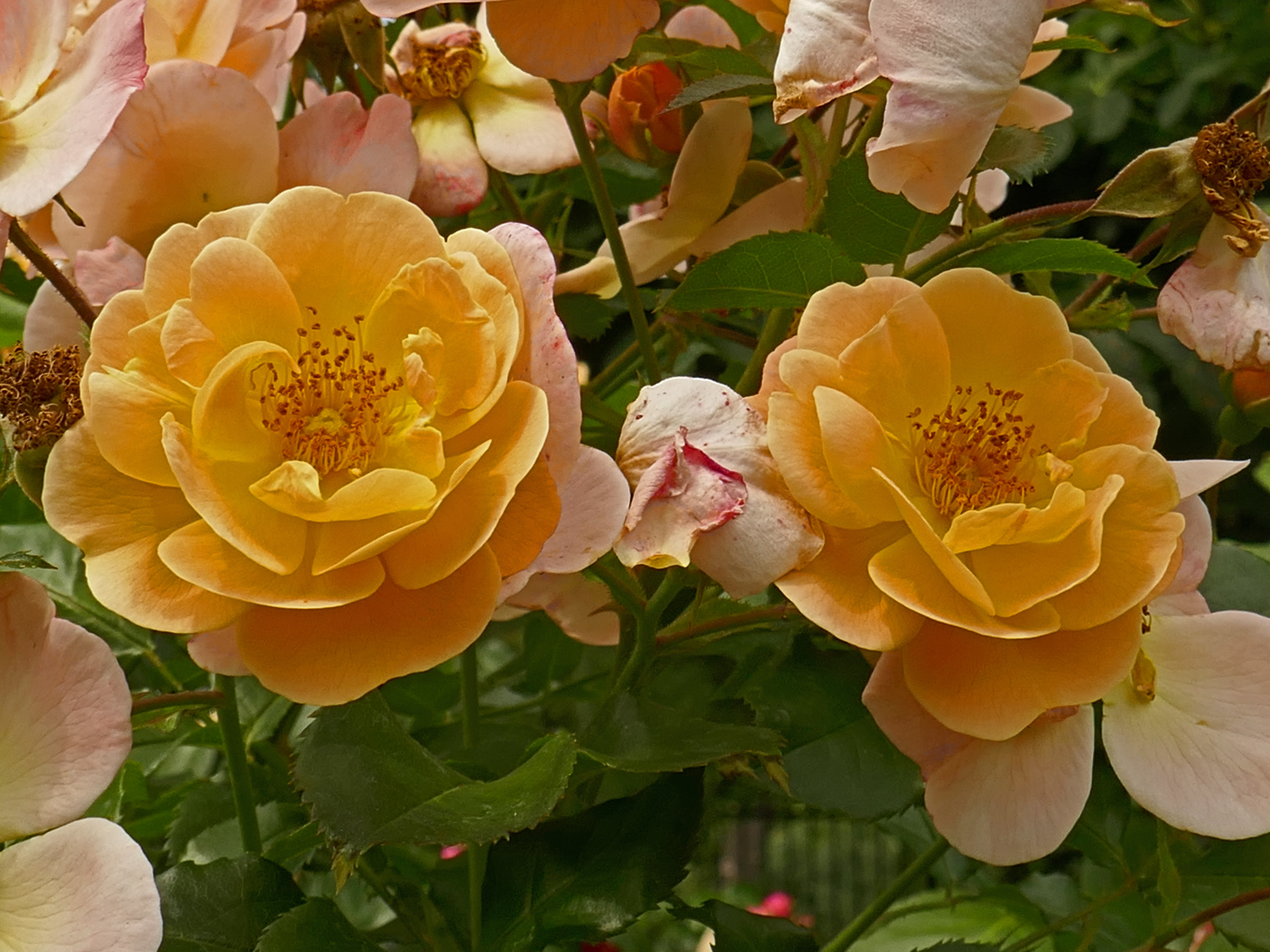
‘Sedana’, Noack, 2000
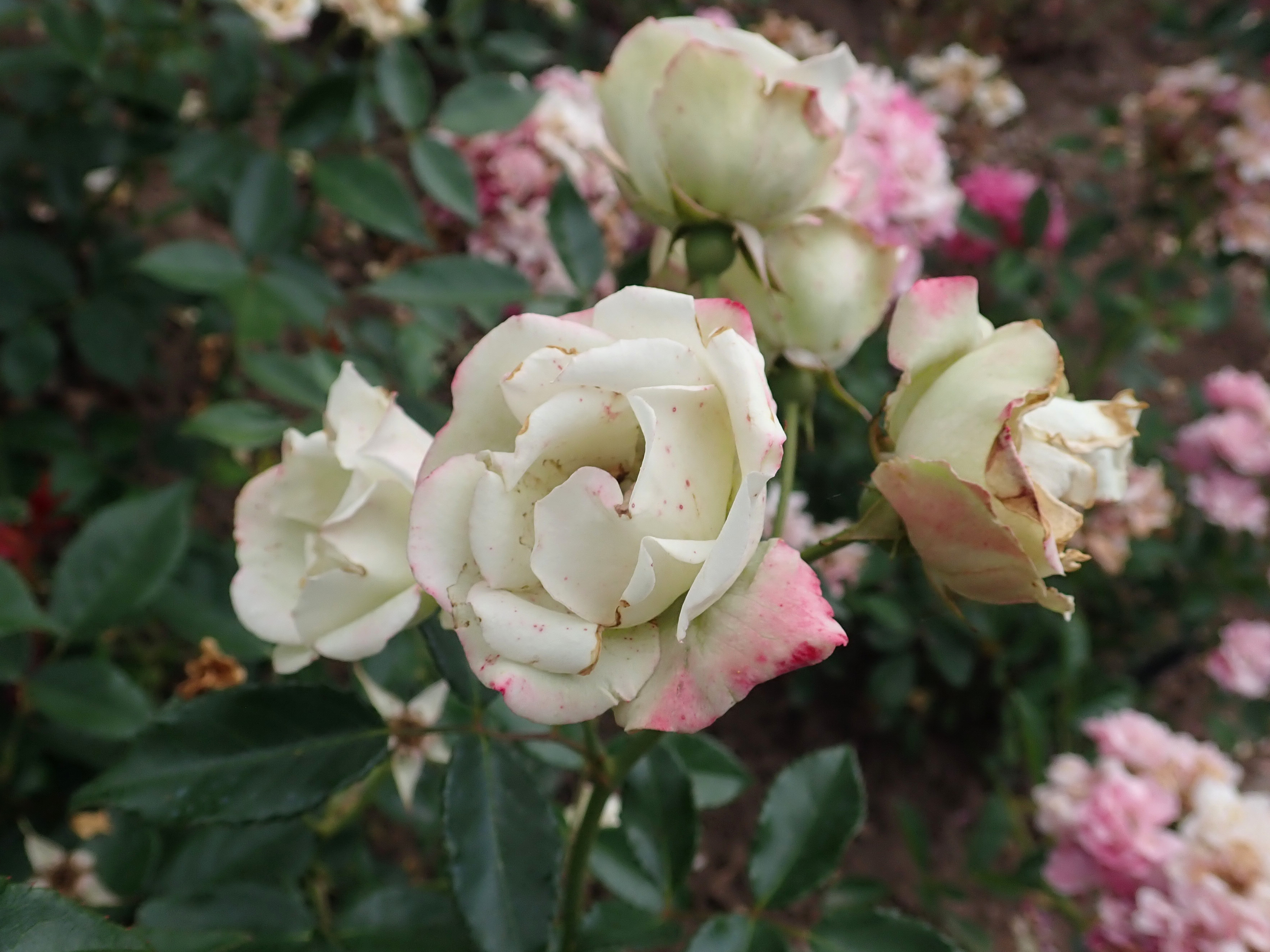
‘Séduction’, Turbat, 1927
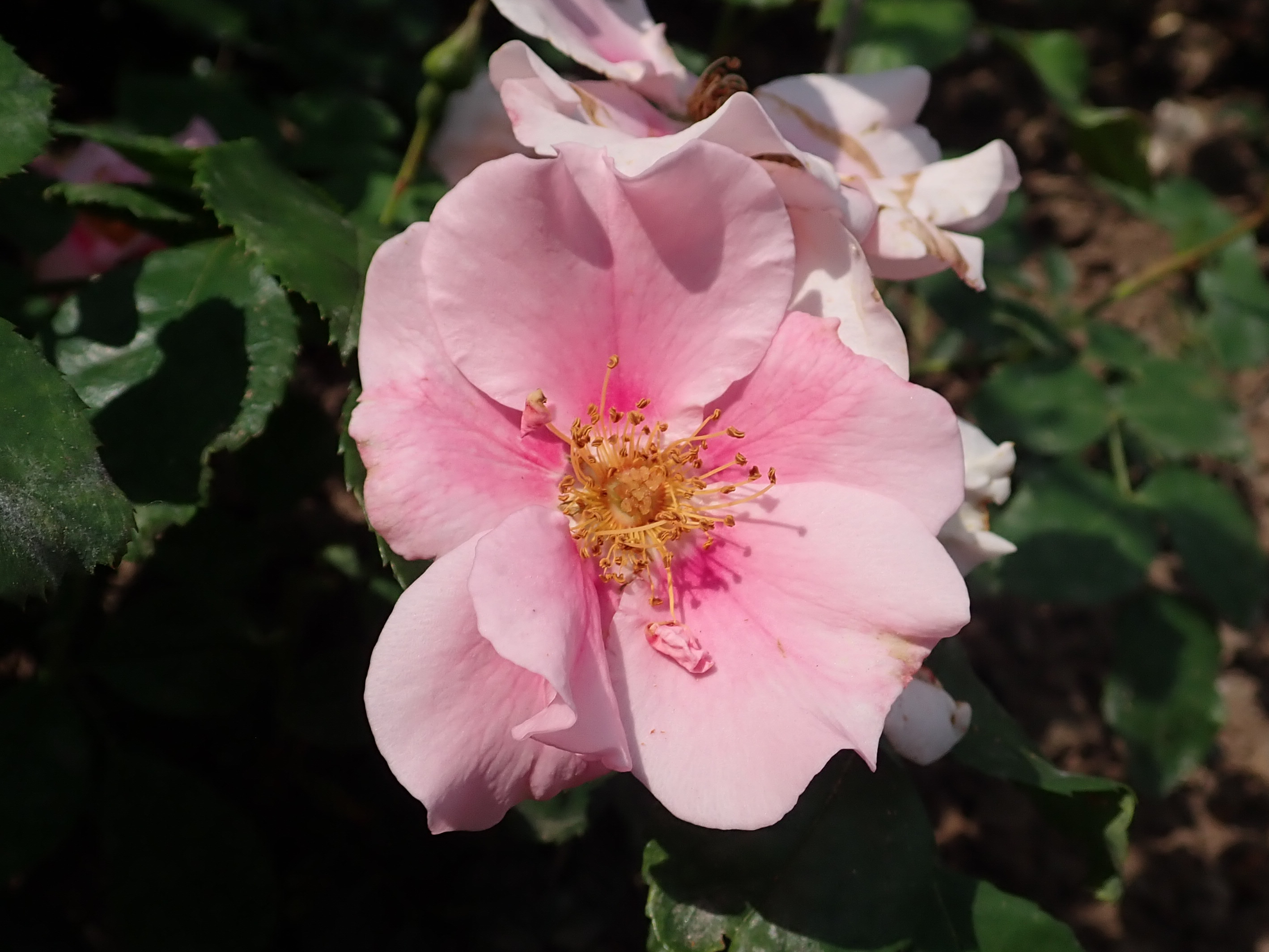
‘See You in Pink’, Kordes, 2019
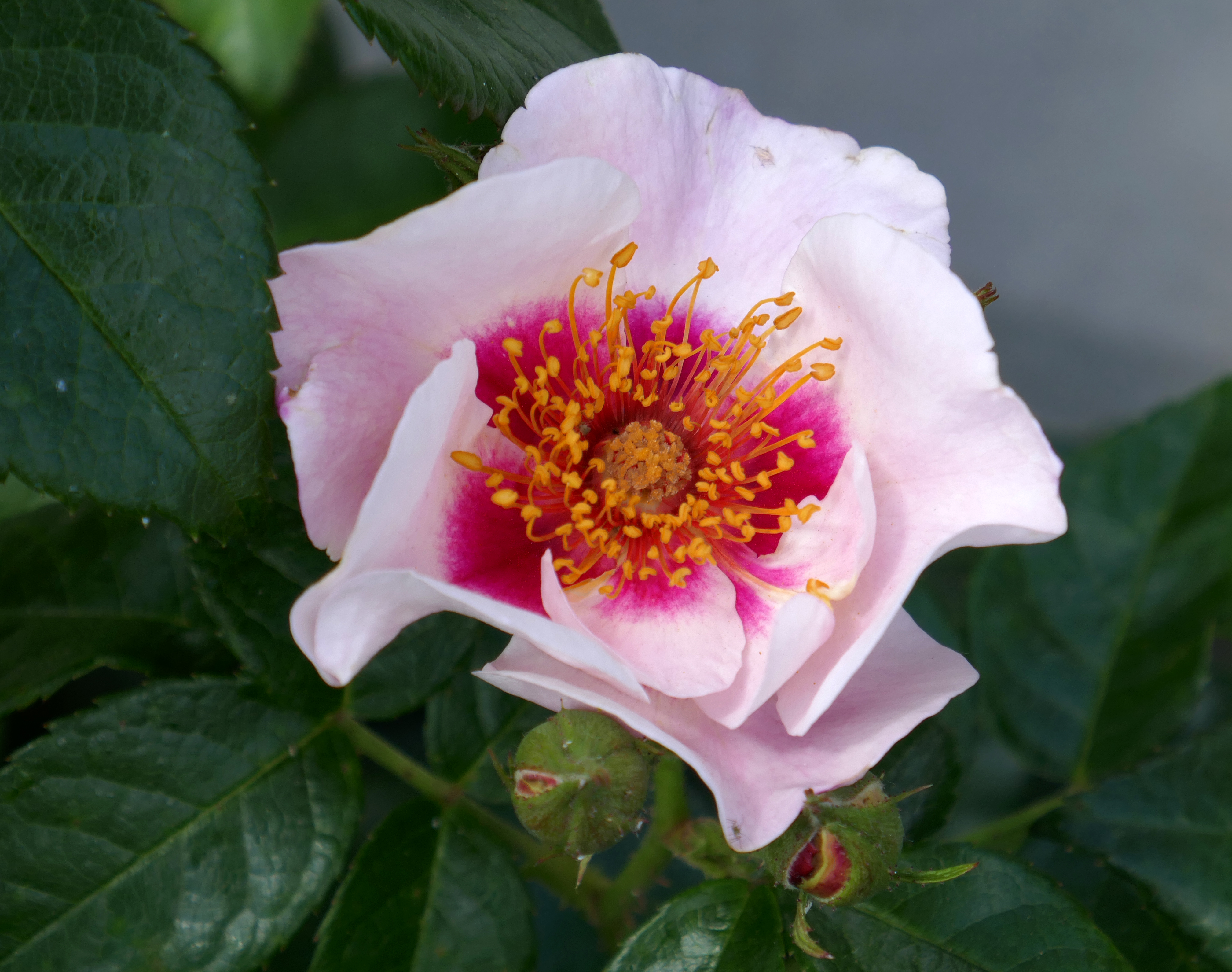
‘See you in Red’, Kordes, 2019
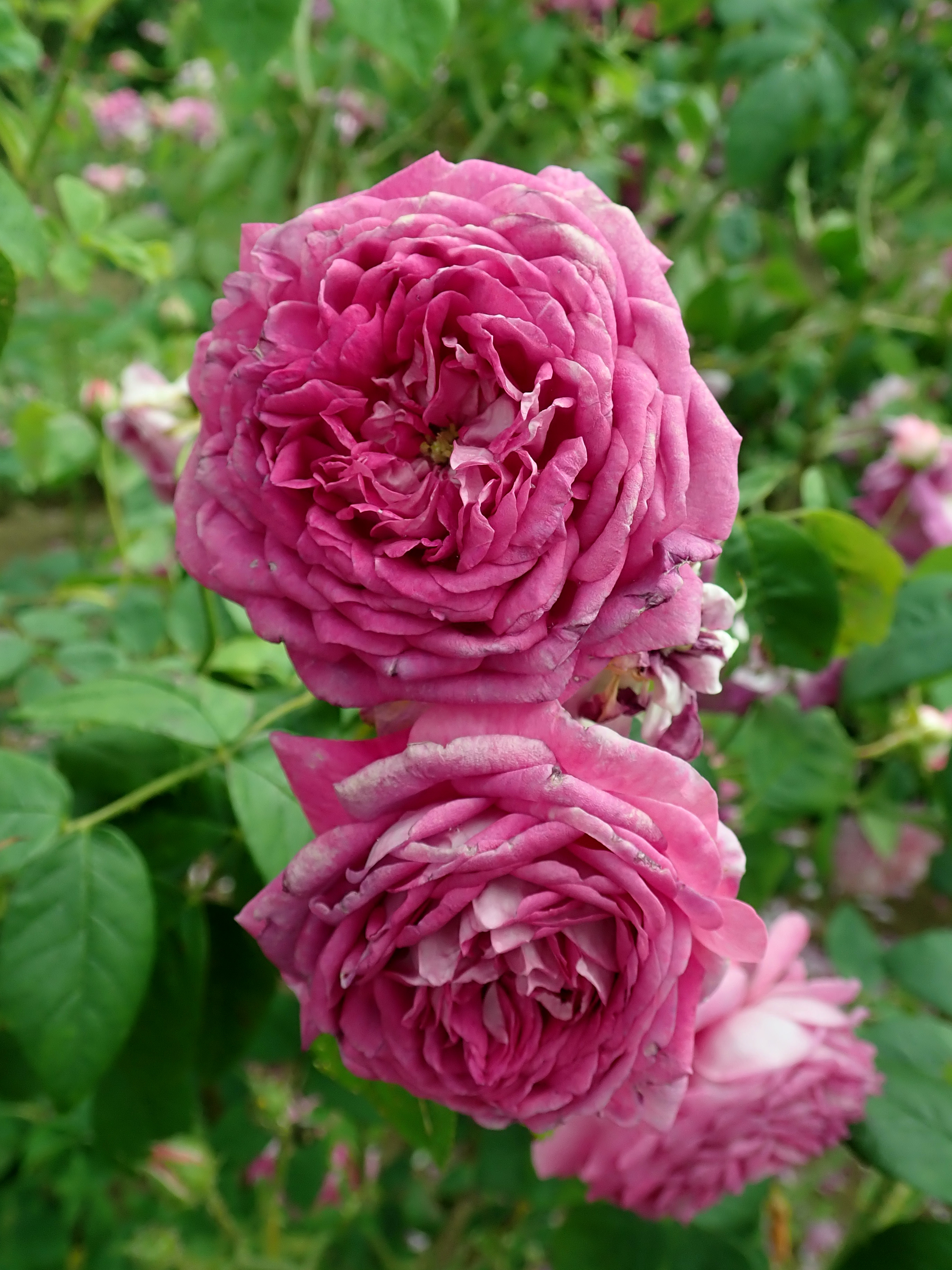
‘Séguier’, Robert, 1853
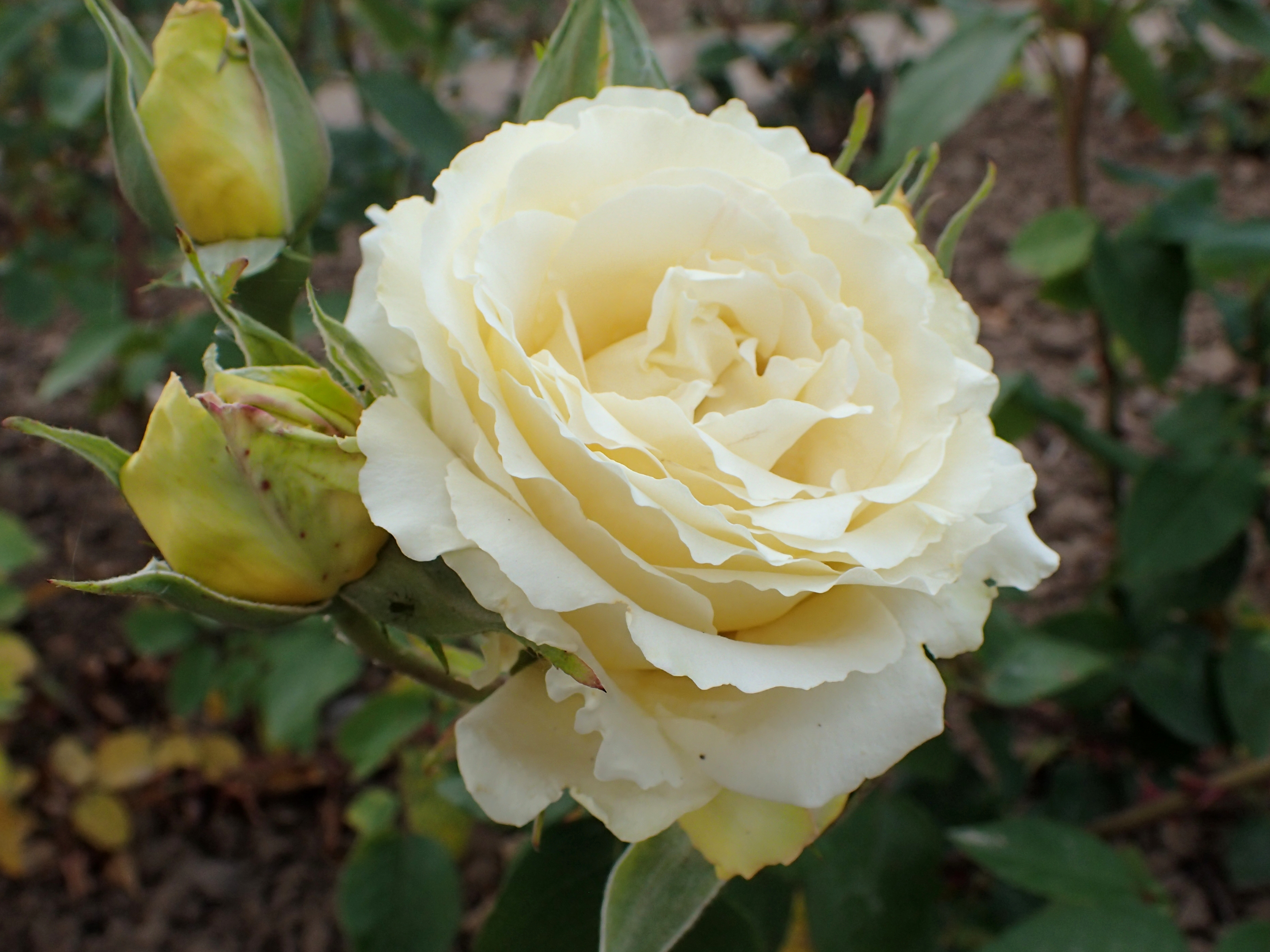
‘Seiko’, Seizo Suzuki, 1975
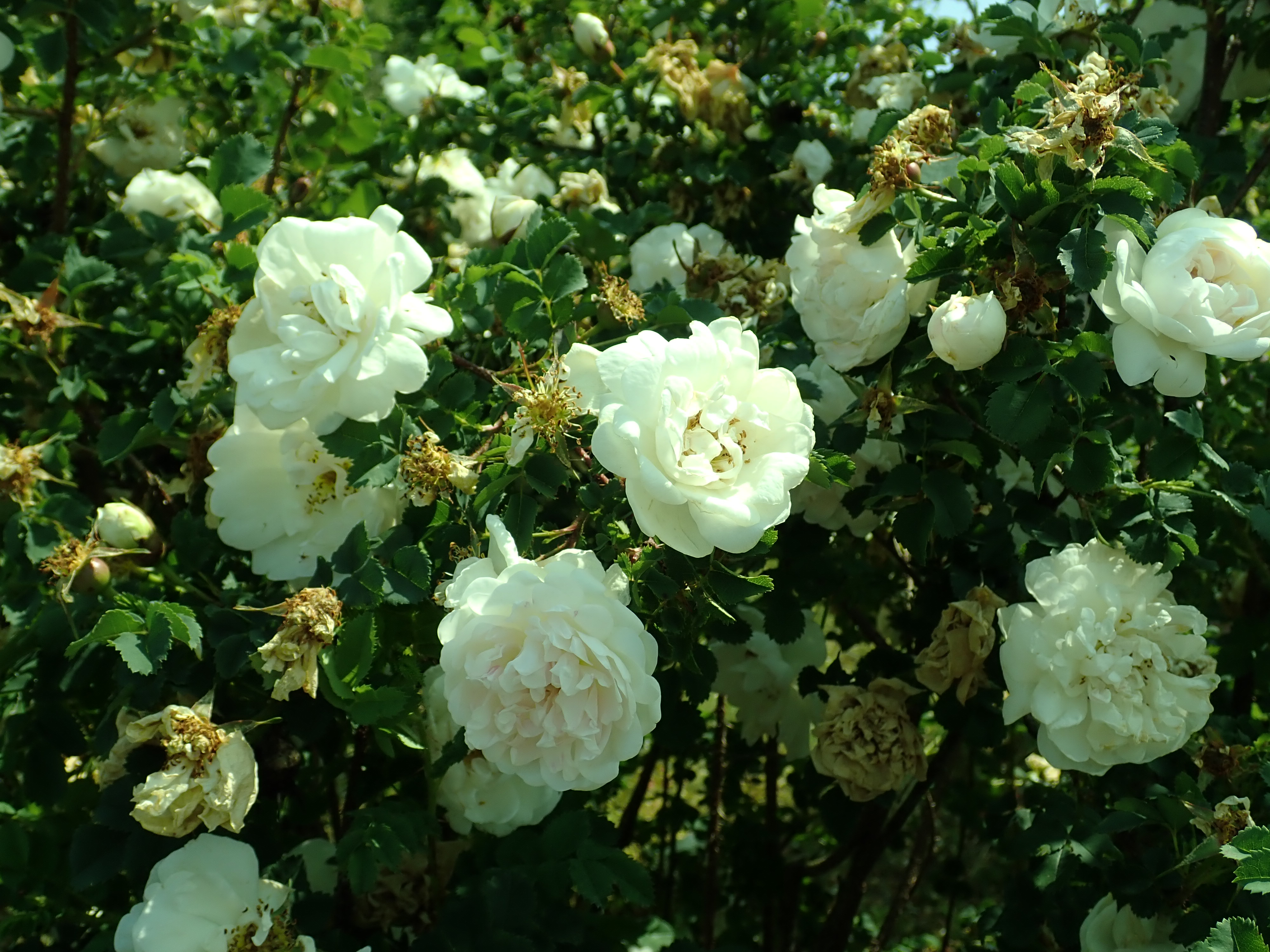
‘Semi Double Blush’, unbekannt
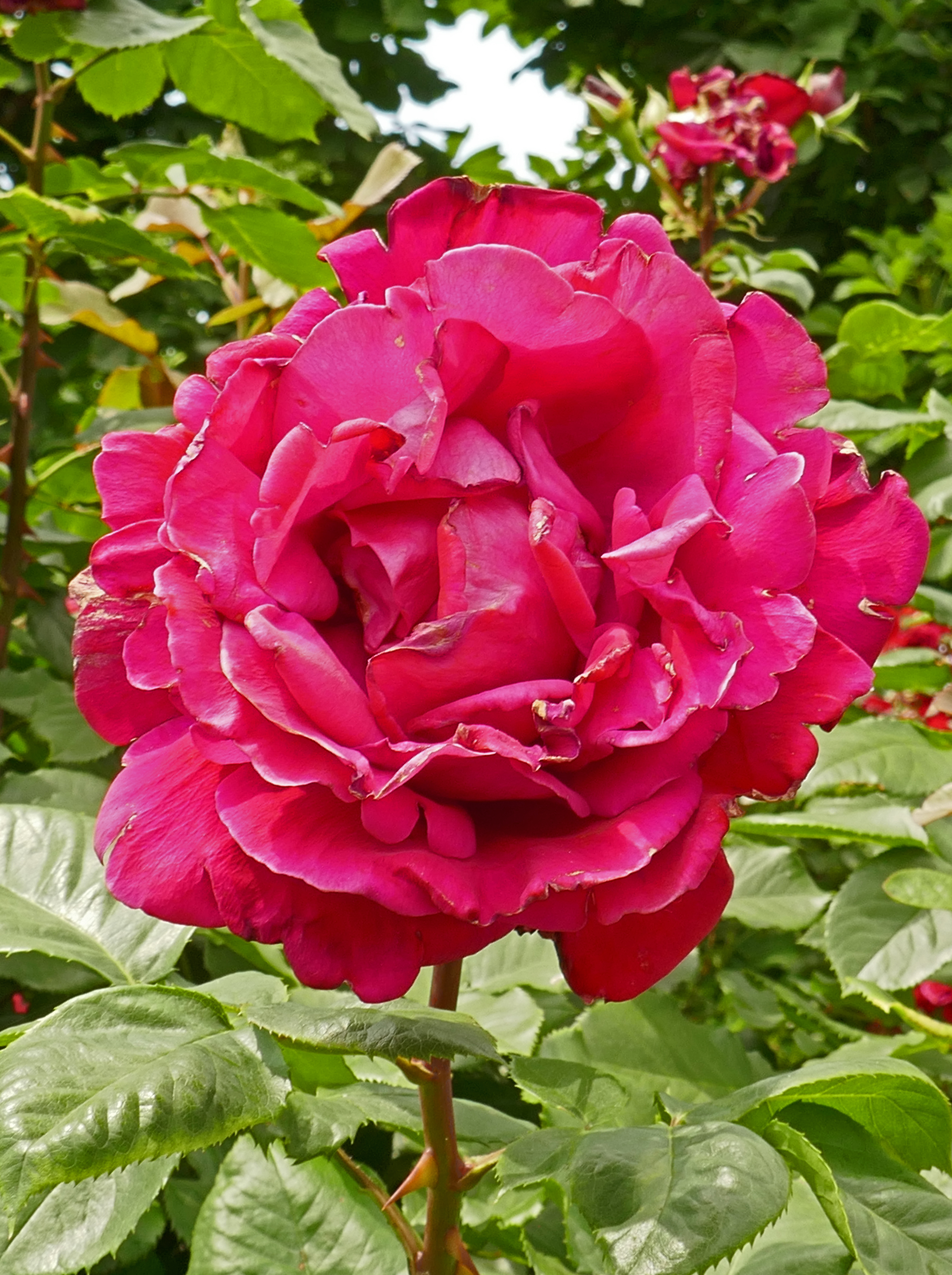
‘Senator Burda’, Meilland, 1985
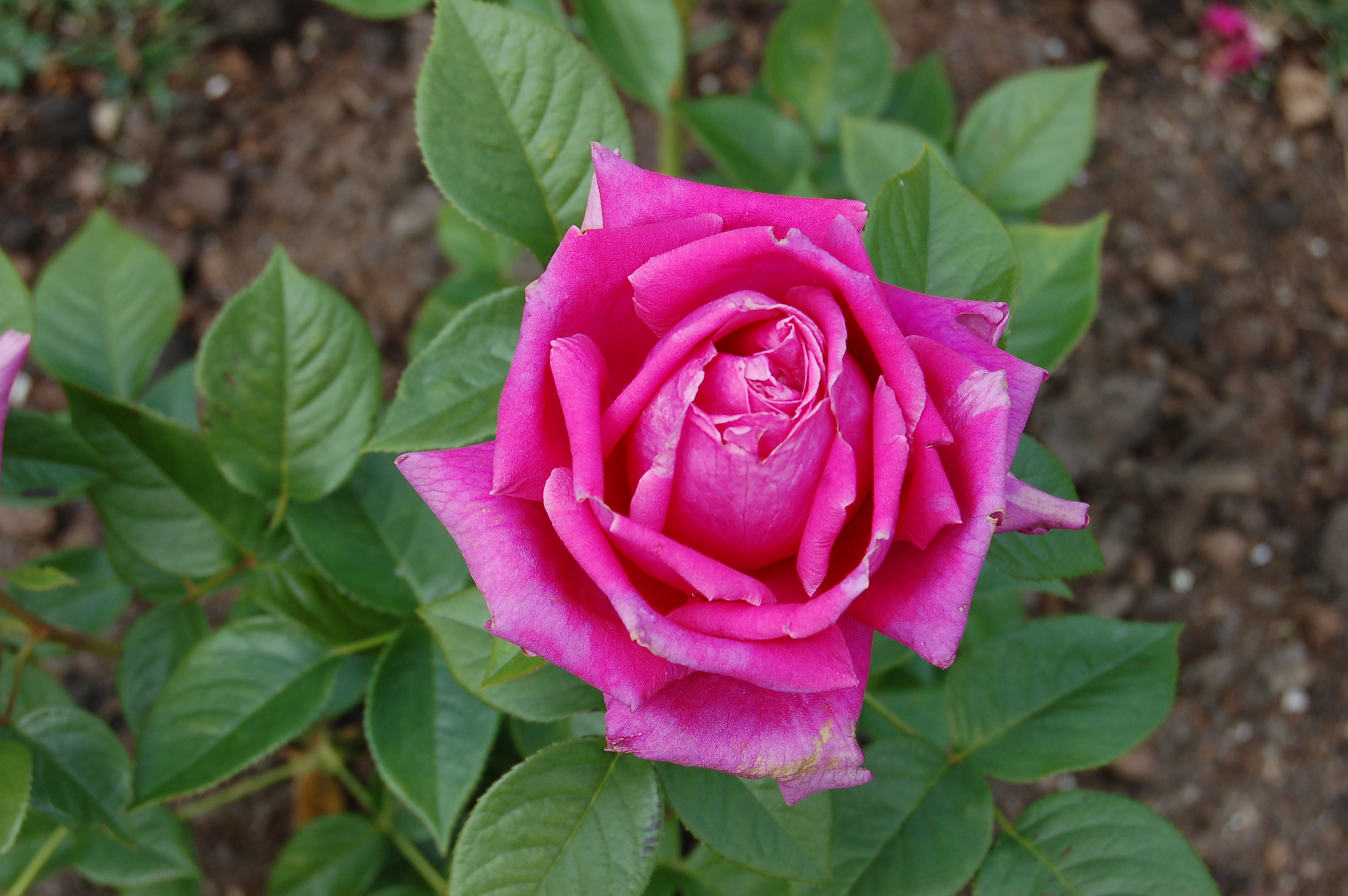
‘Senteur Royale’, Tantau, 2004
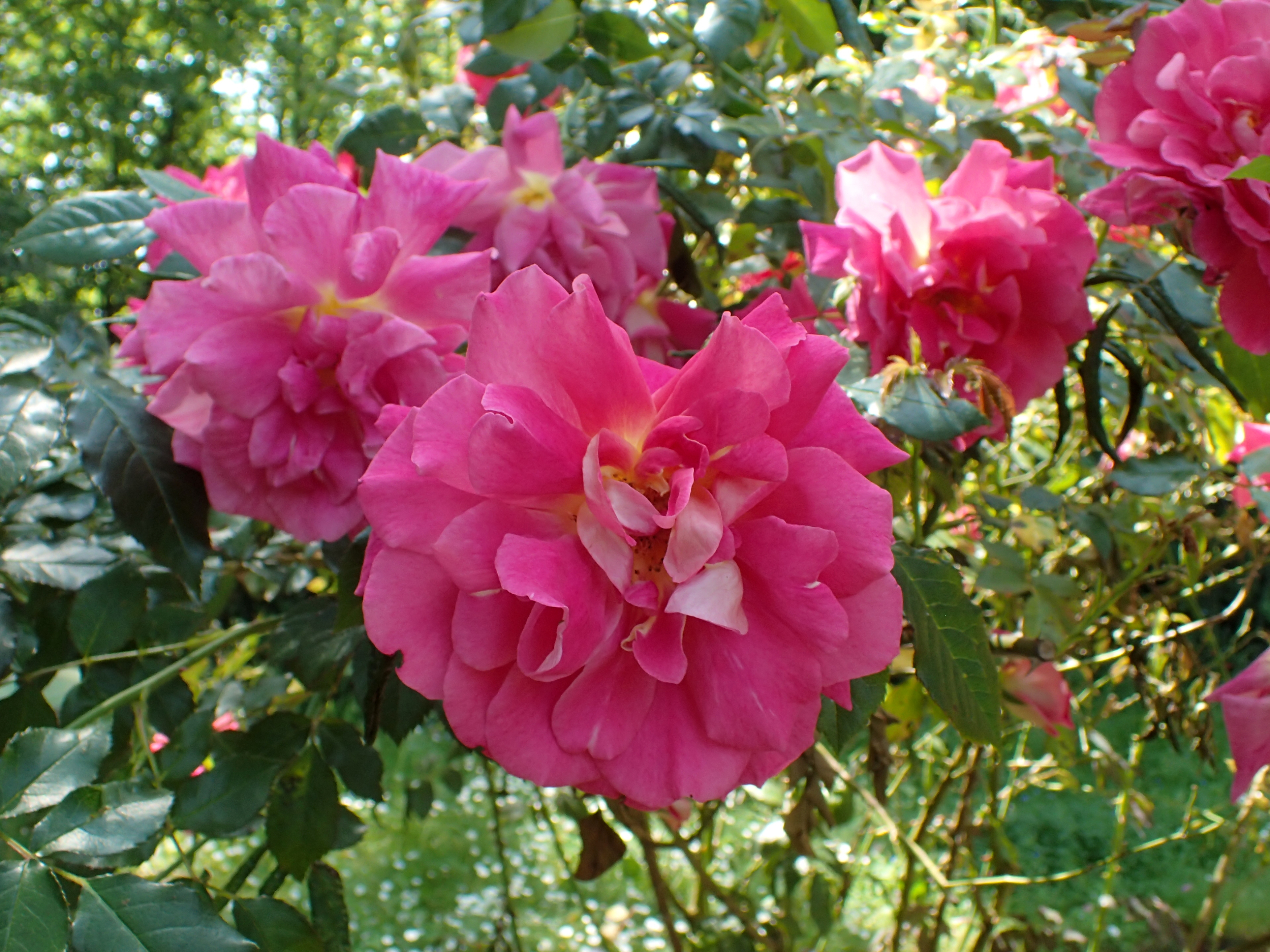
‘Seppenrade’, Ewald Scholle, um 1970
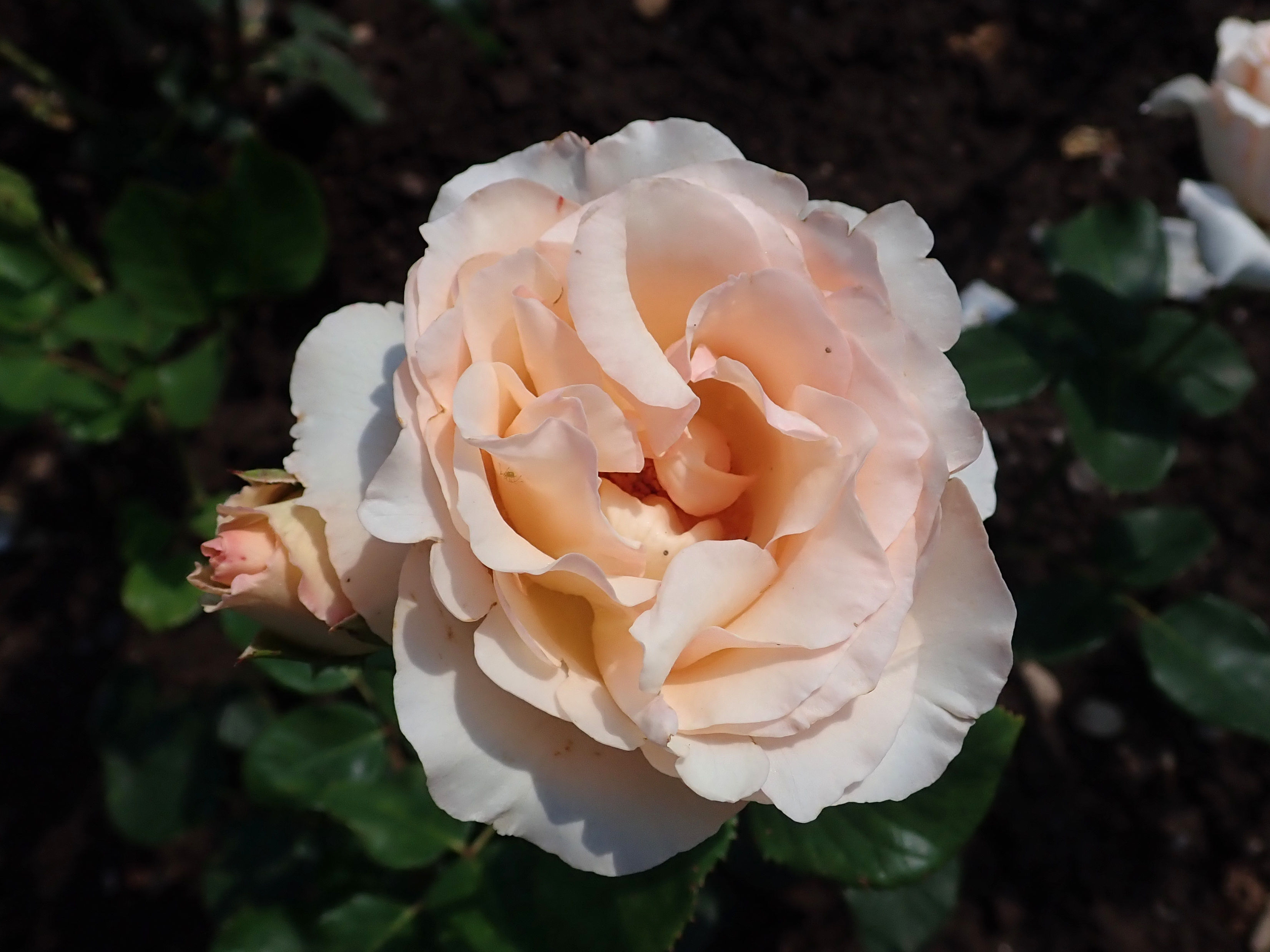
‘Serenade’, Hempelmann, 1998
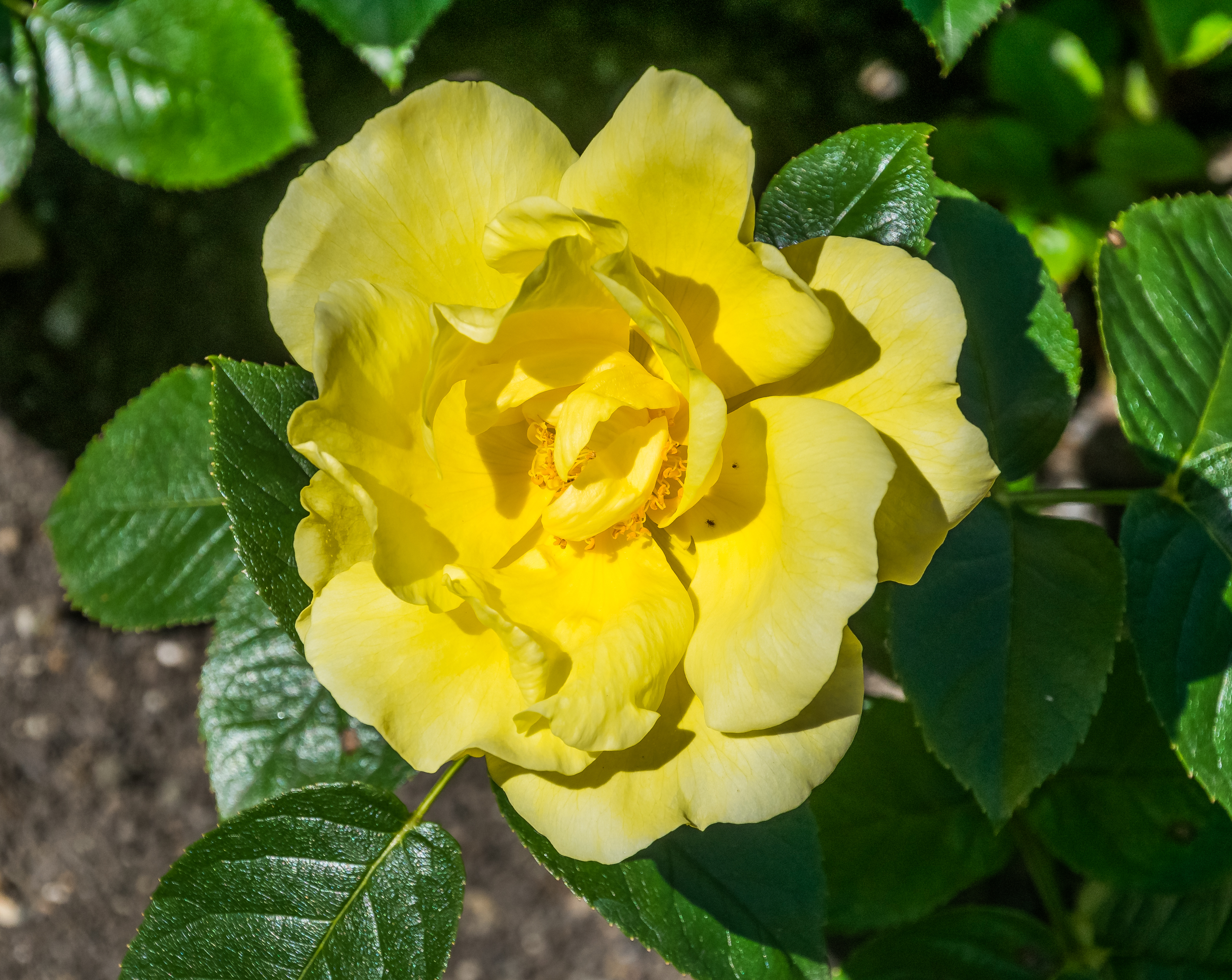
‘Serendipity’, Harkness, 1999
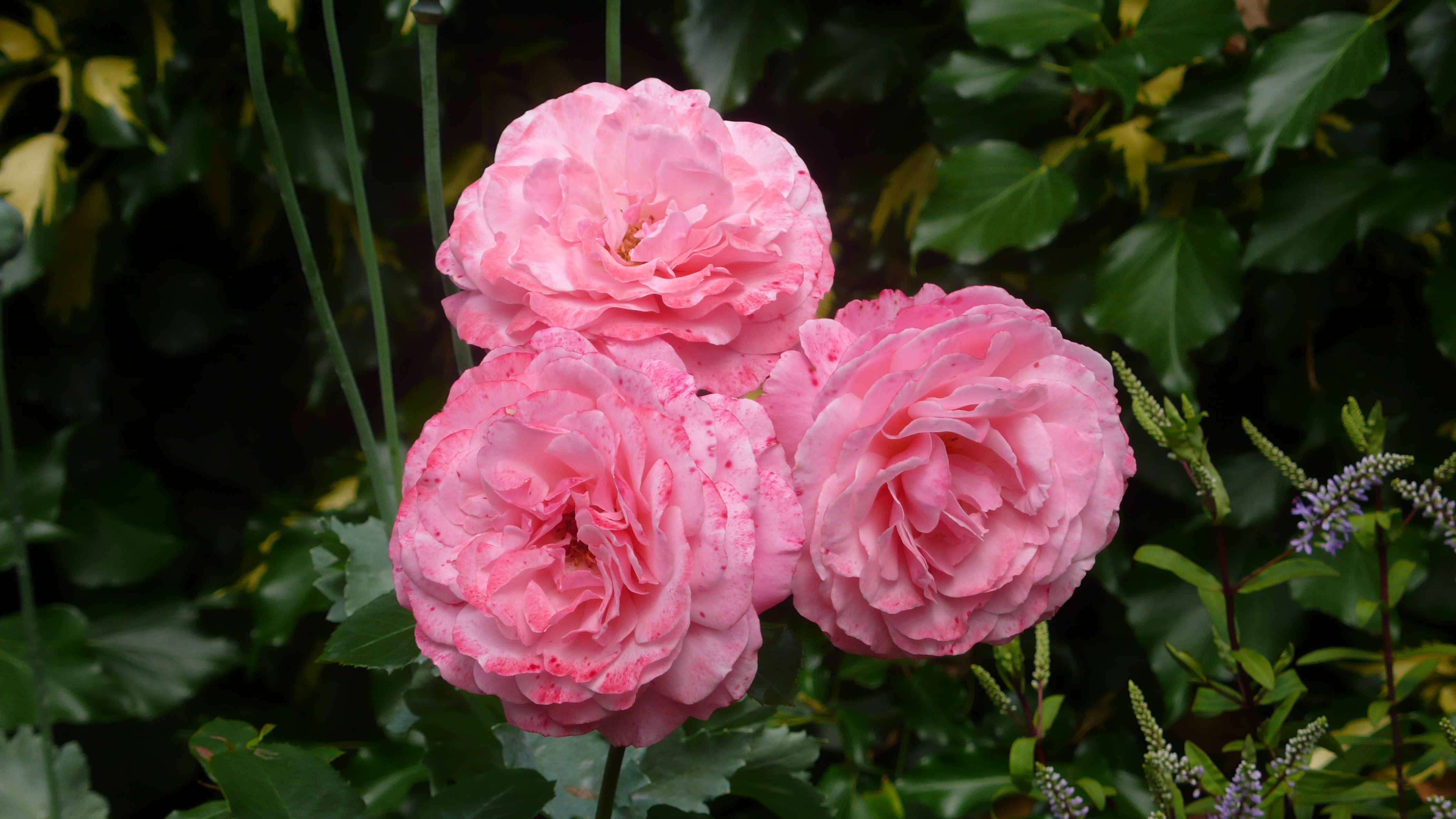
‘Sexy Rexy’, McGredy, 1984
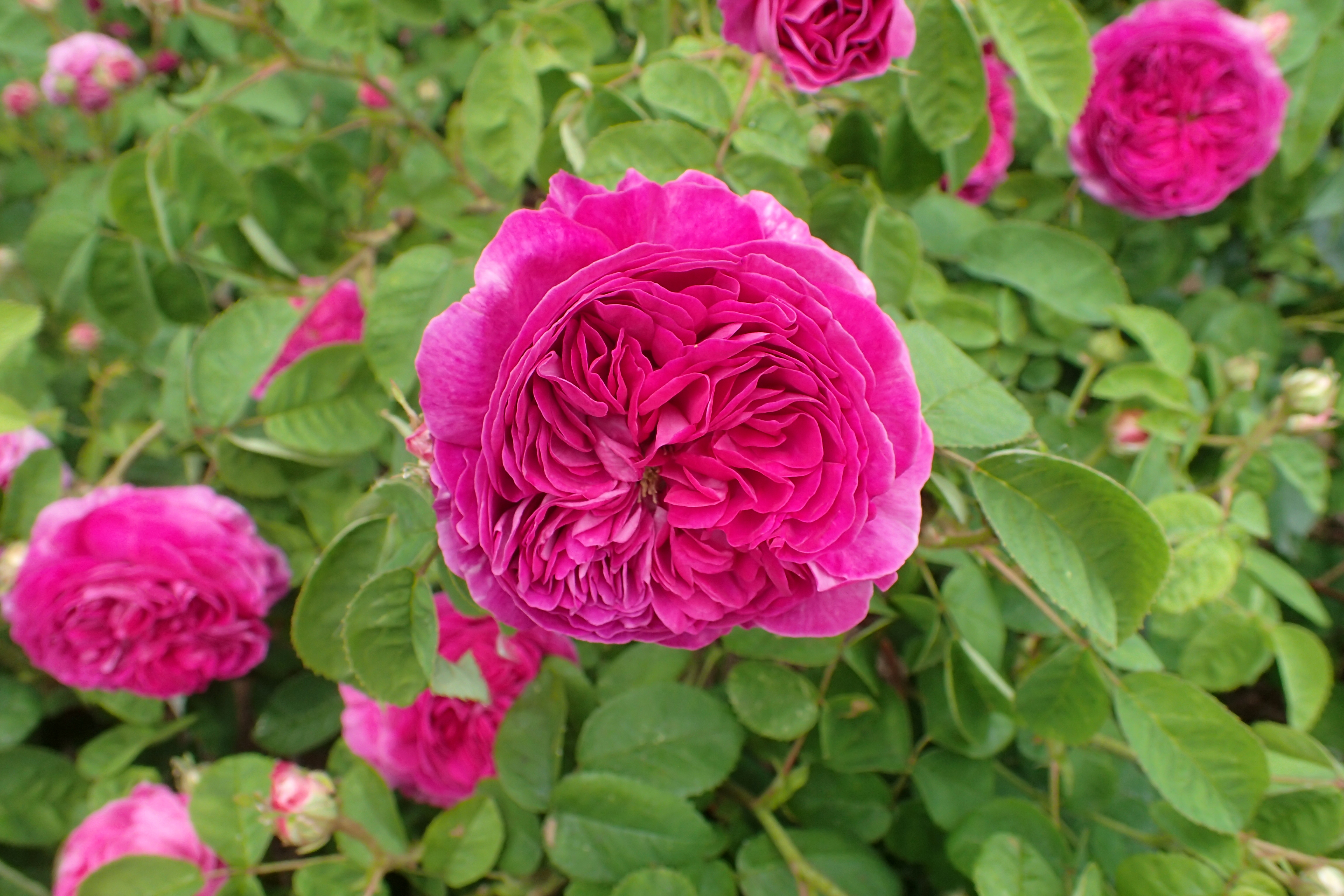
‘Shakespeare’ (oder ‘Kean’), Jean Laffay, vor 1843
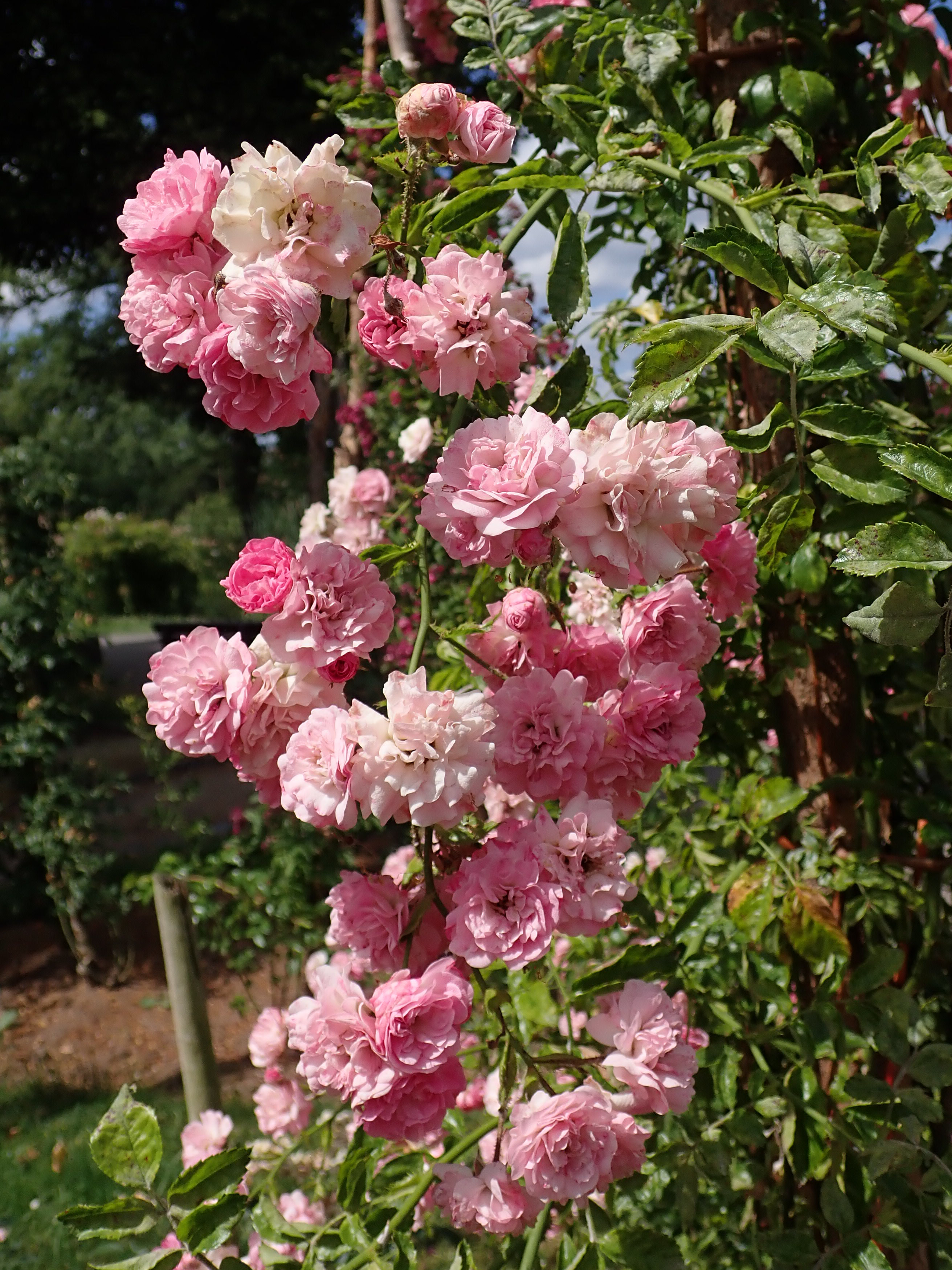
‘Shalimar’, J. Burrell, 1914
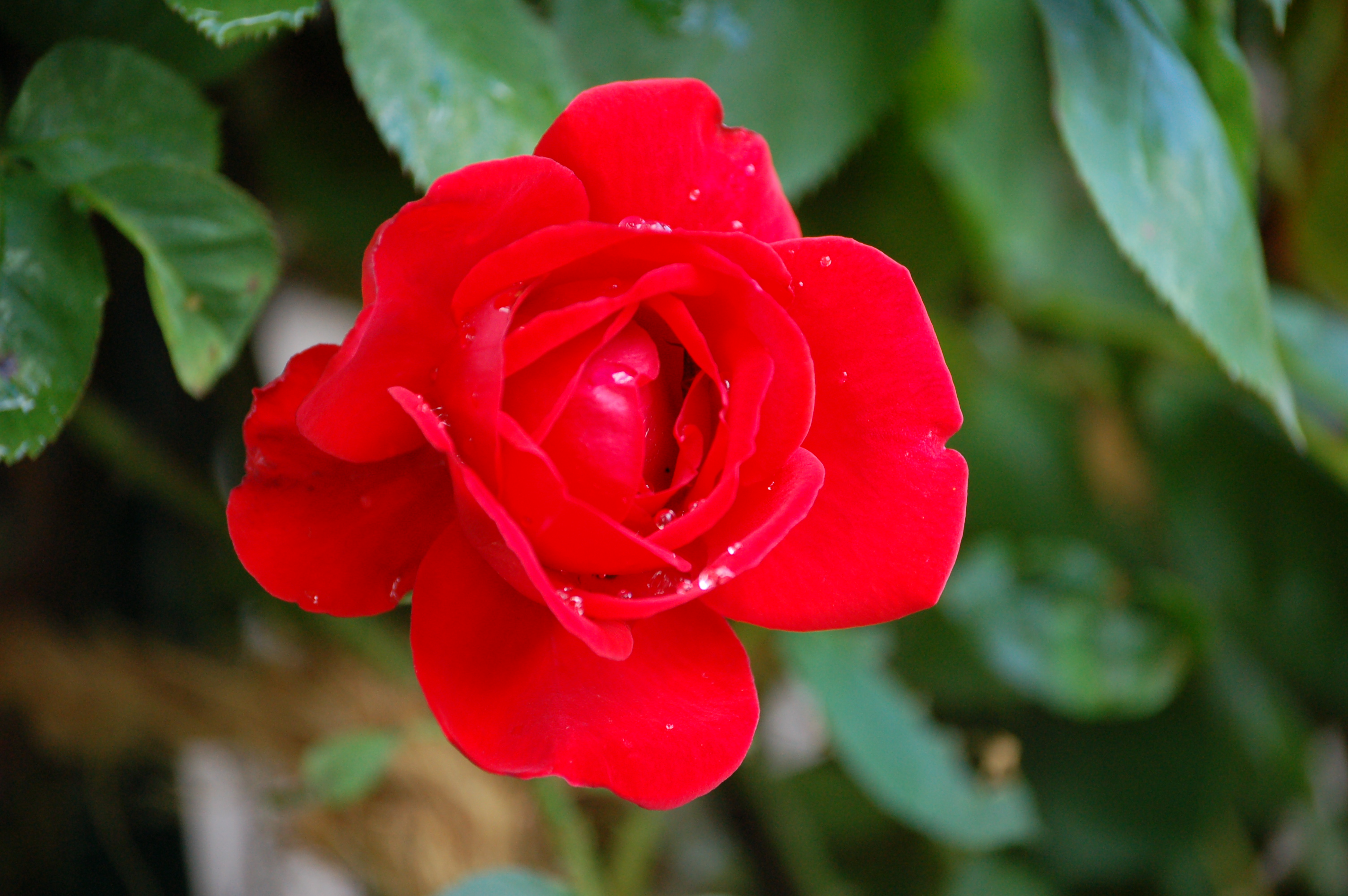
‘Shalom’, Poulsen, 1972
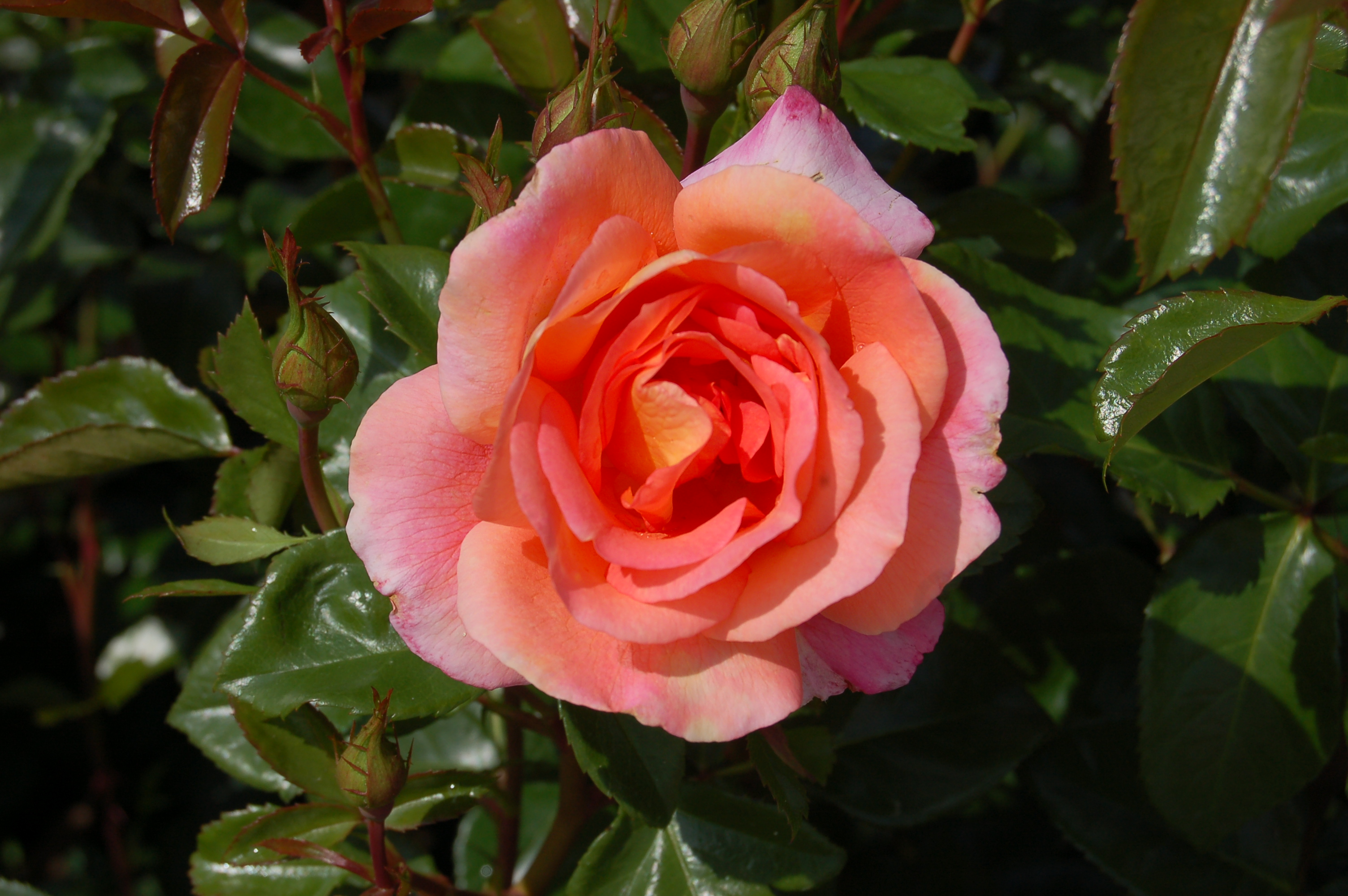
‘Shanty’, Tantau, 2004
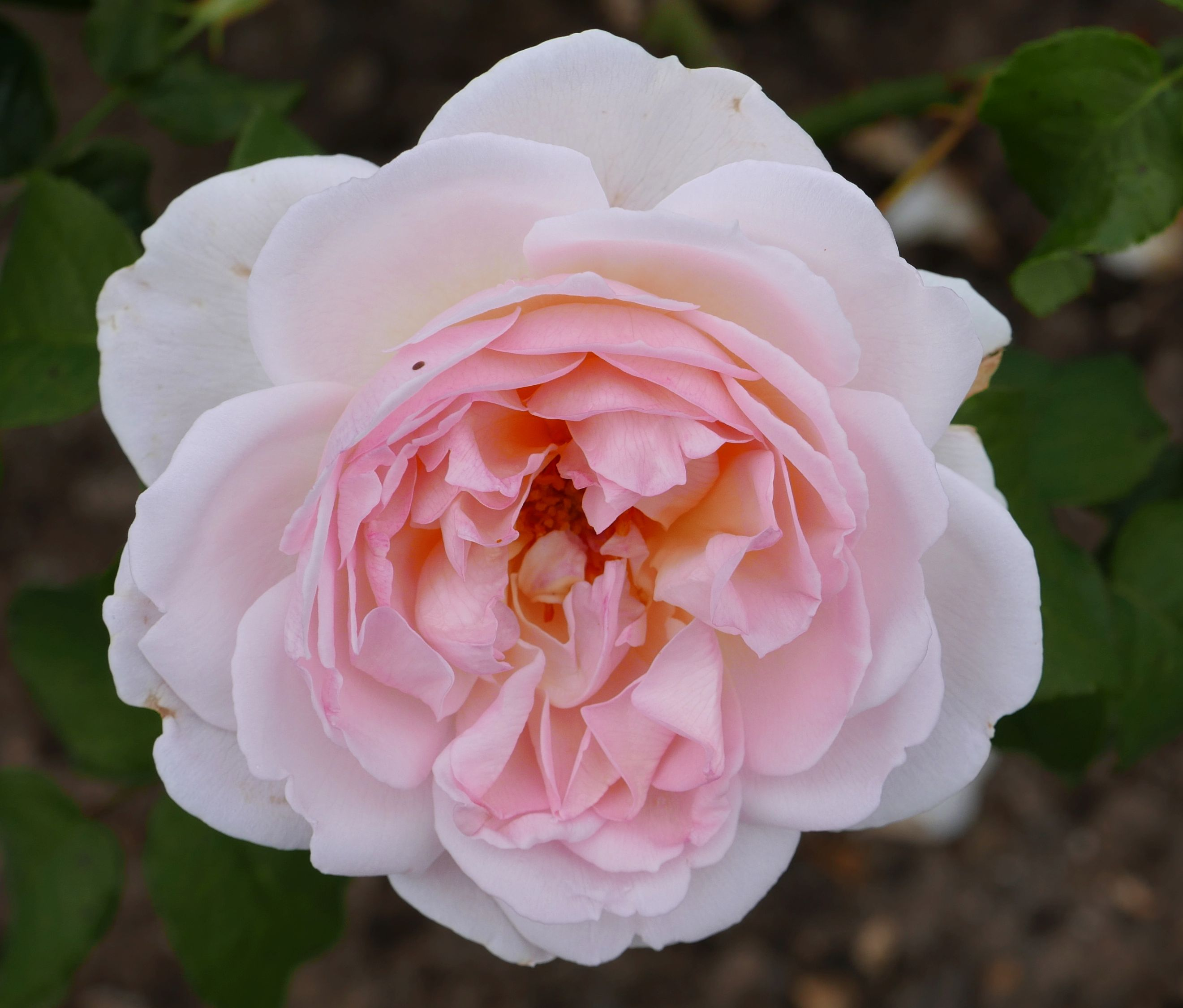
‘Sharifa Asma’, Austin, 1989
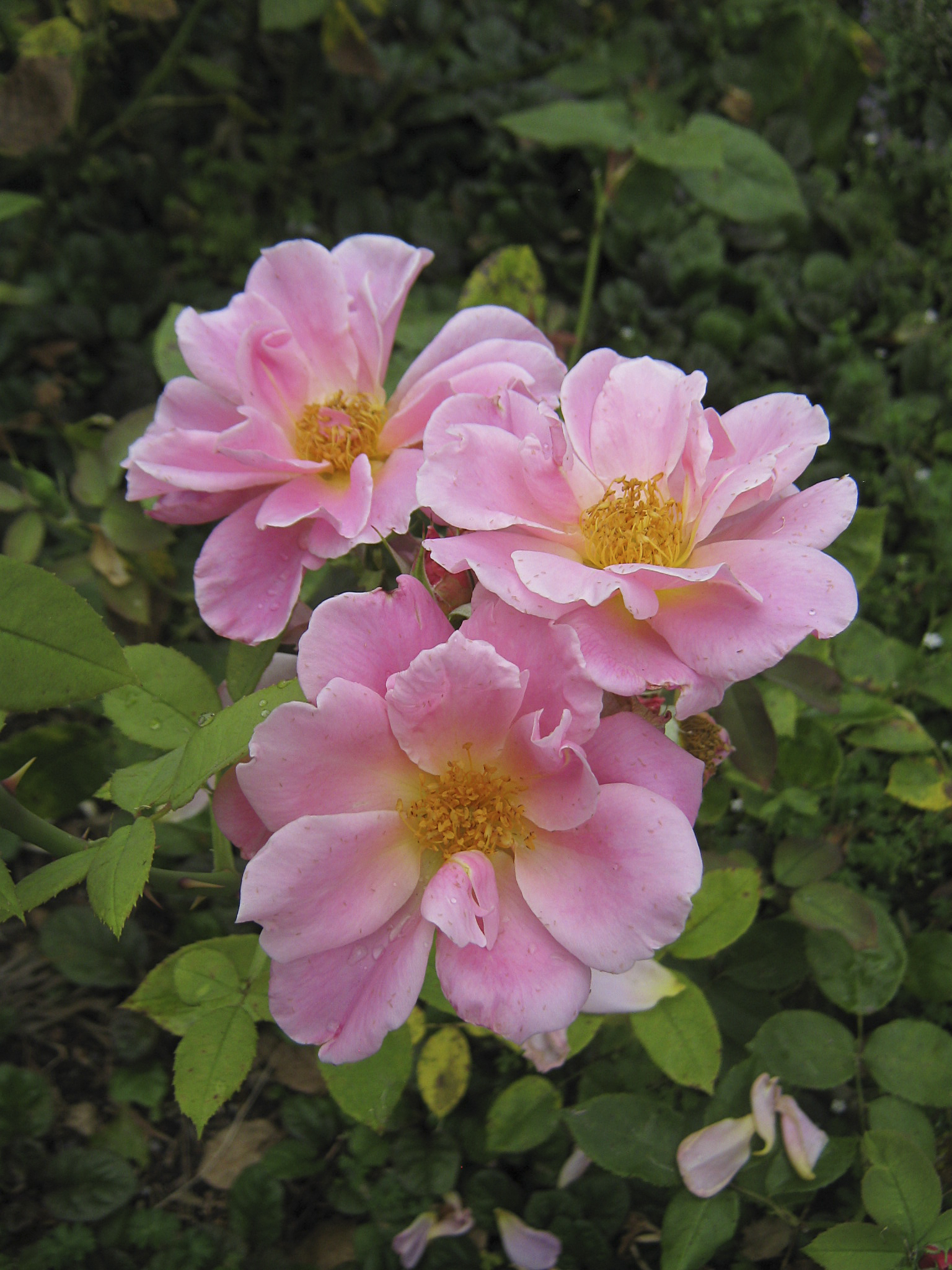
‘Sheila Bellair’, Alister Clark, 1937
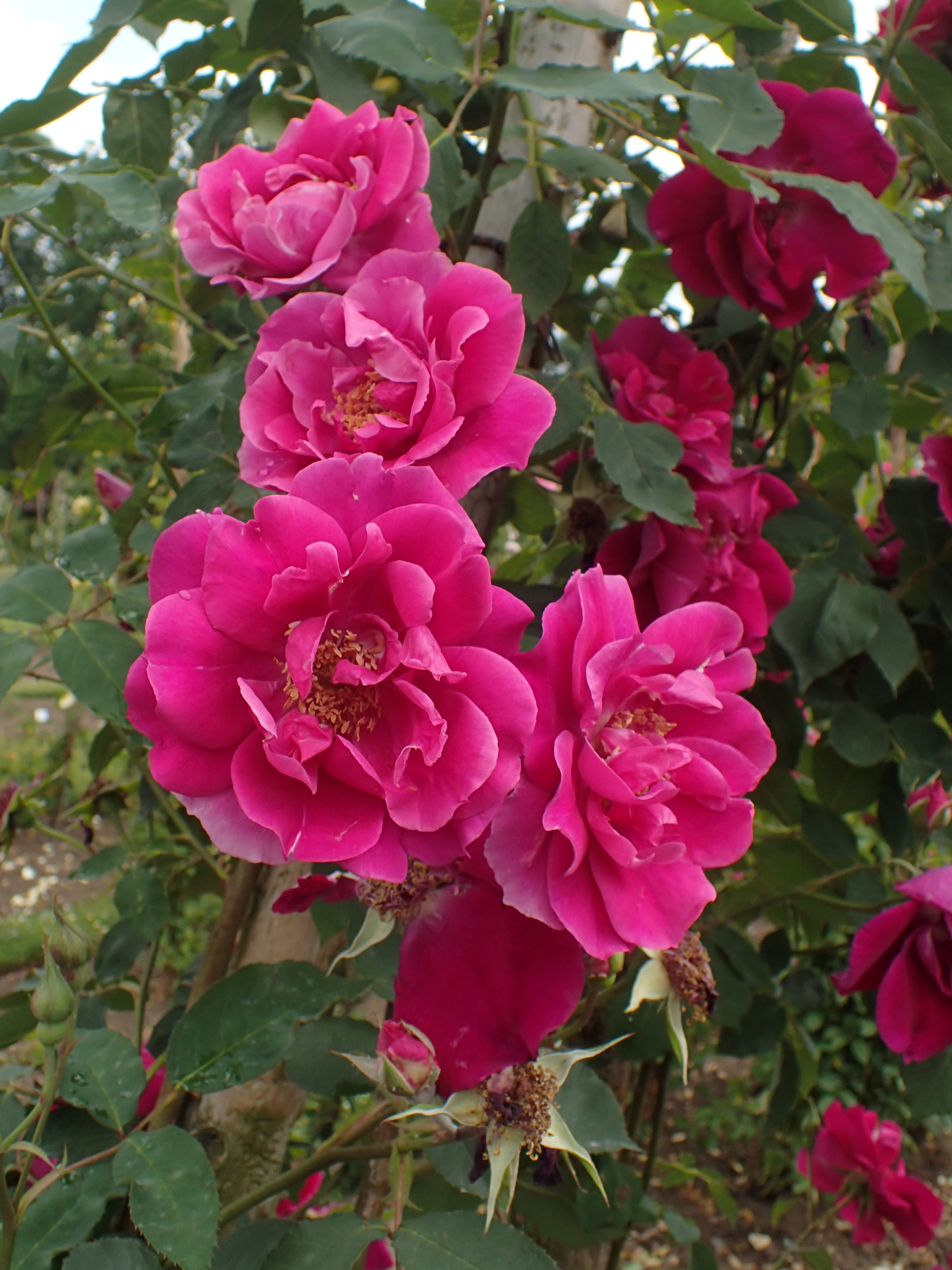
‘Shenandoah’, Jean Henri Nicolas/Conard-Pyle, 1934
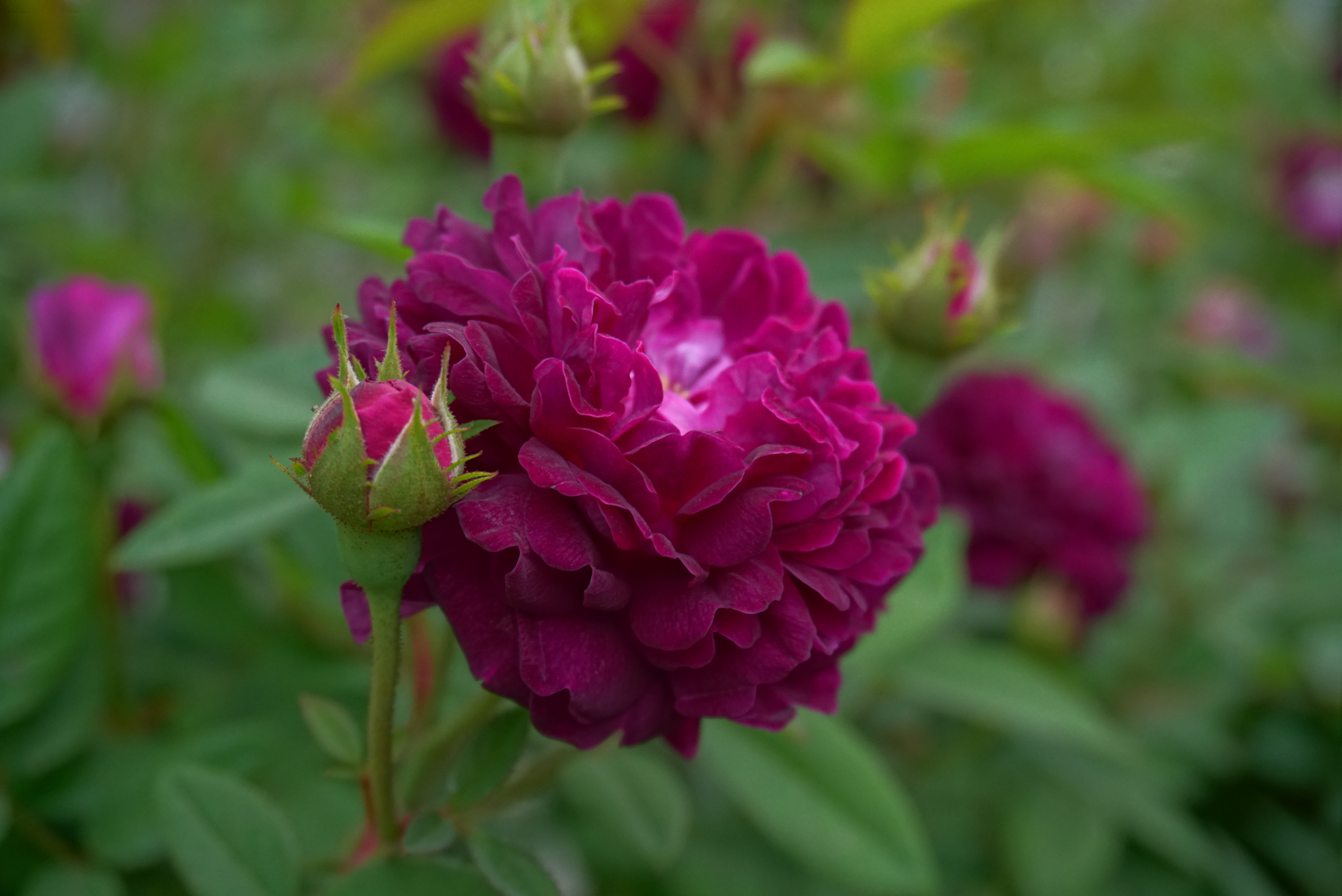
‘Shigyoku’ (auch: ‘Purple Jade’), vor 1883 (?)
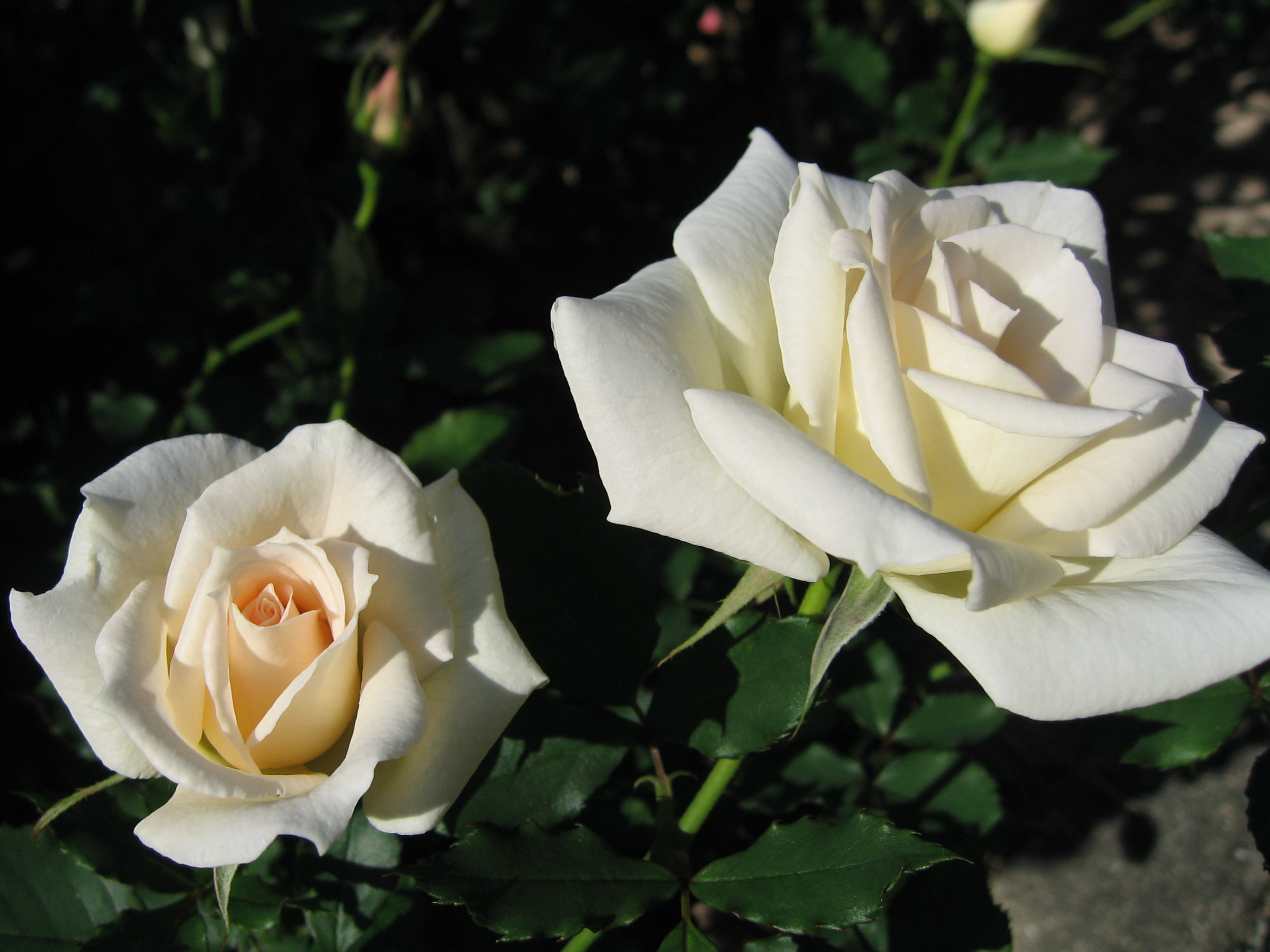
‘Shirotae’ (Sport von 'Bridal Pink’), Itami, 1974
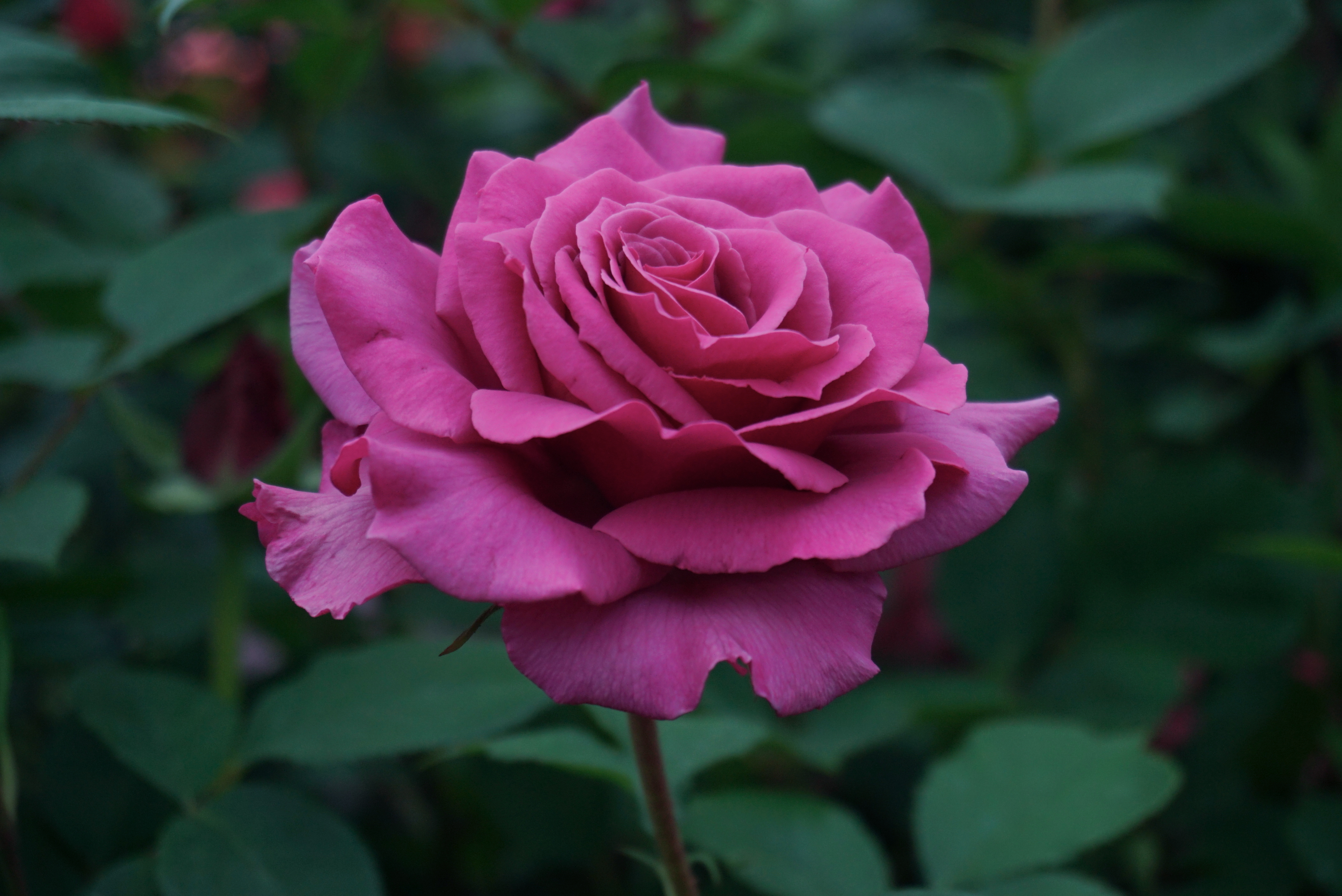
‘Shiun’, Seizo Suzuki, 1984
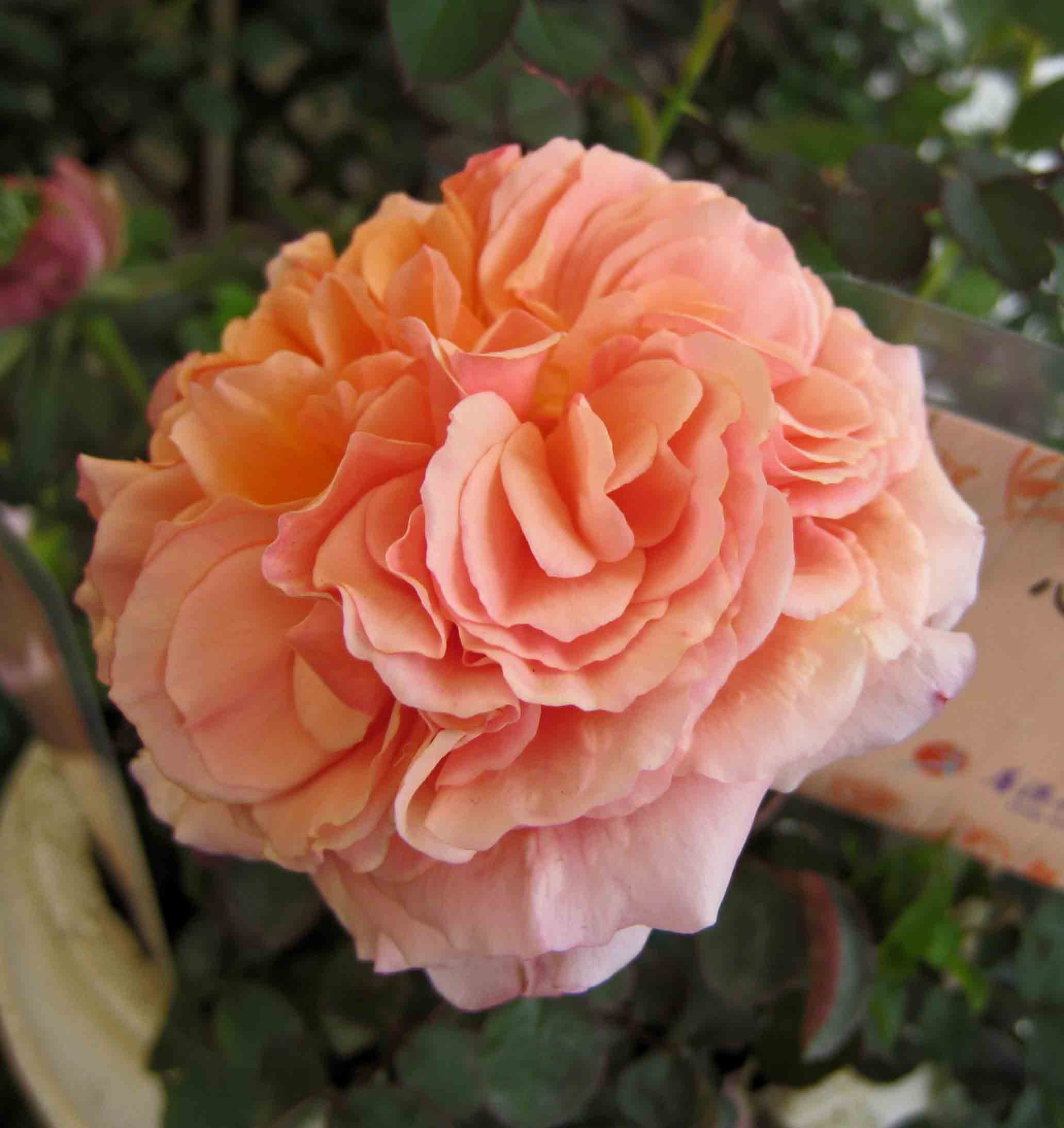
‘Shizuku’, Keiji Kunieda, vor 2010
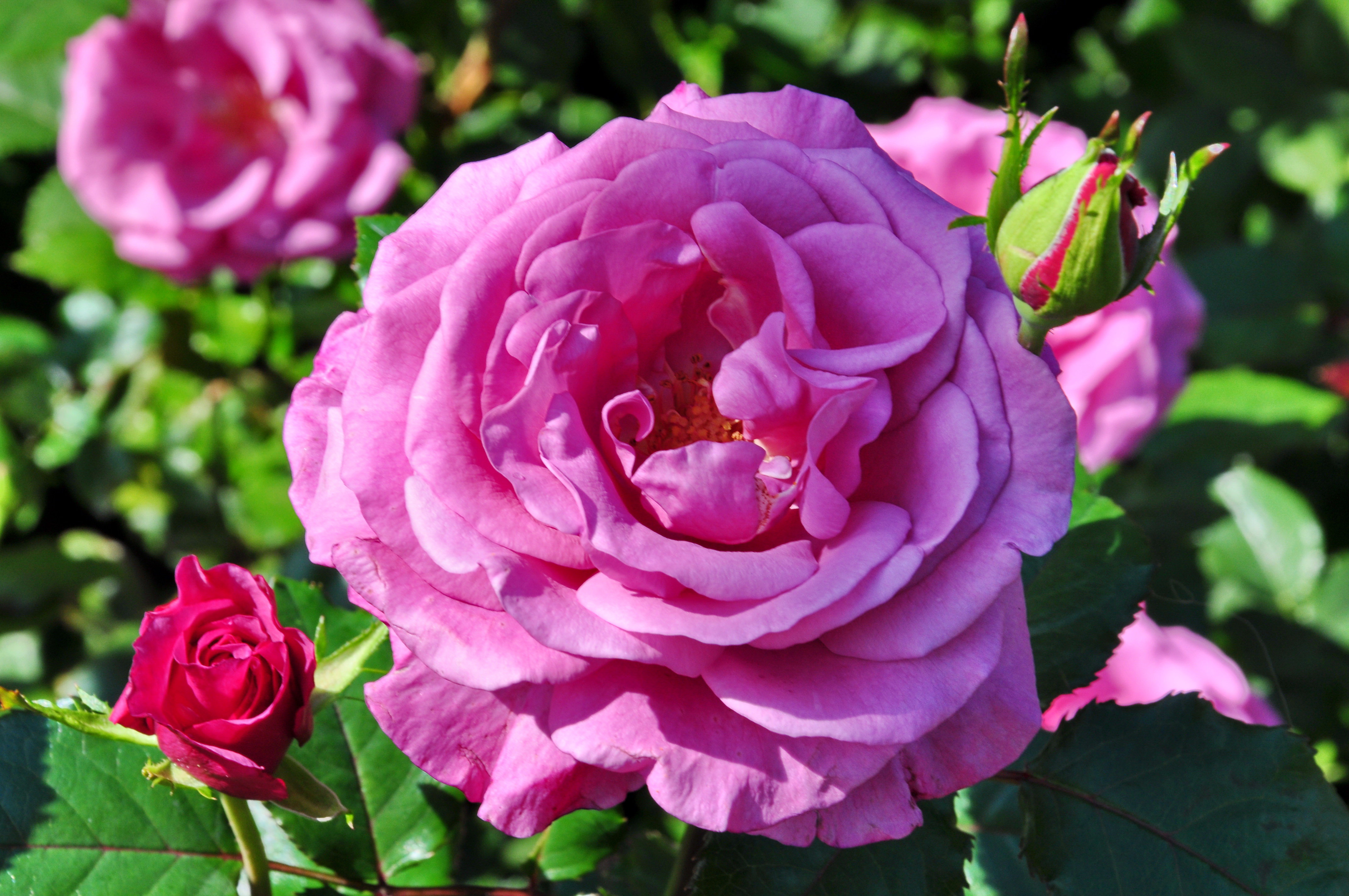
‘Shocking Blue’, Kordes, 1974
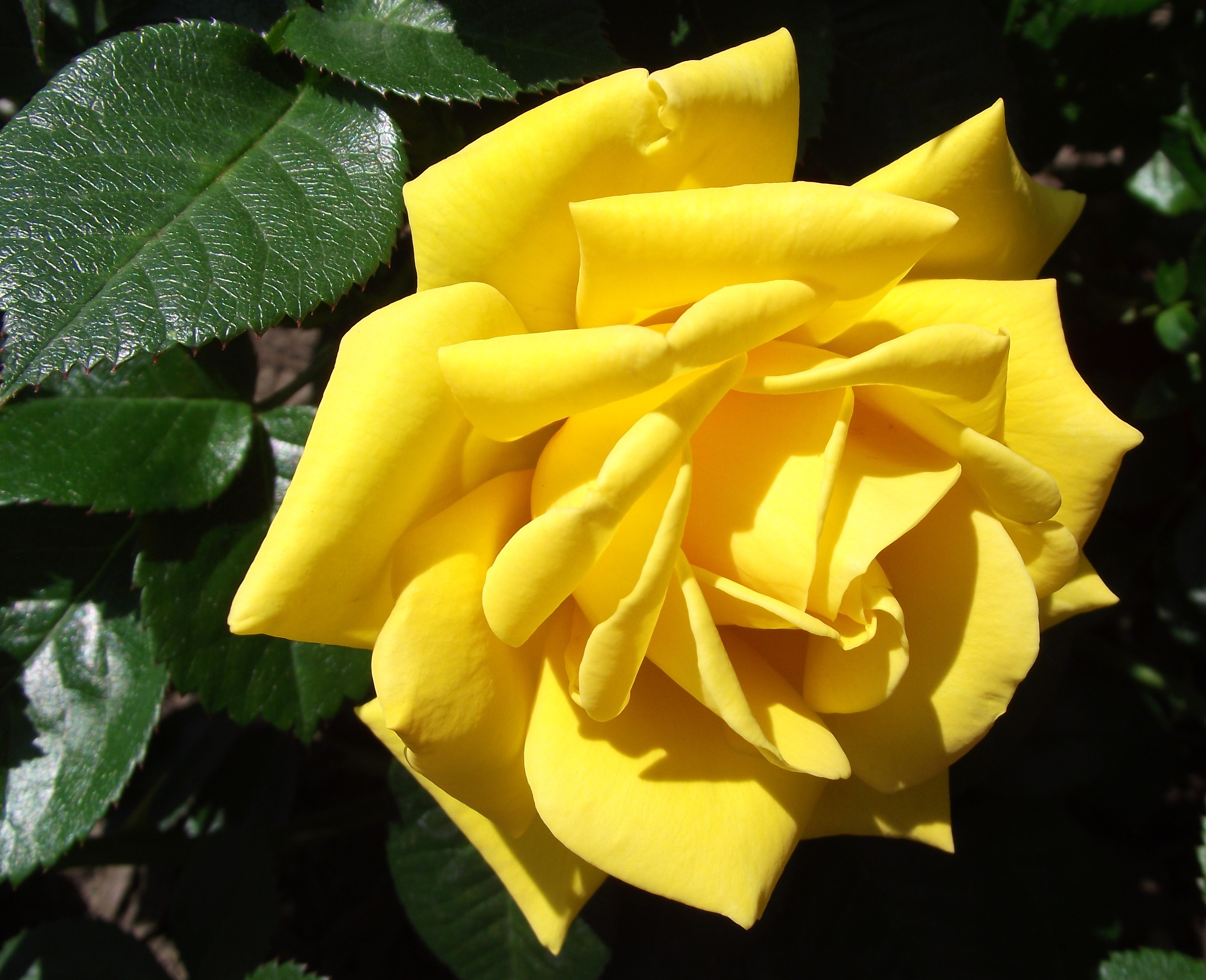
‘Shockwave’, Tom Carruth, 2006
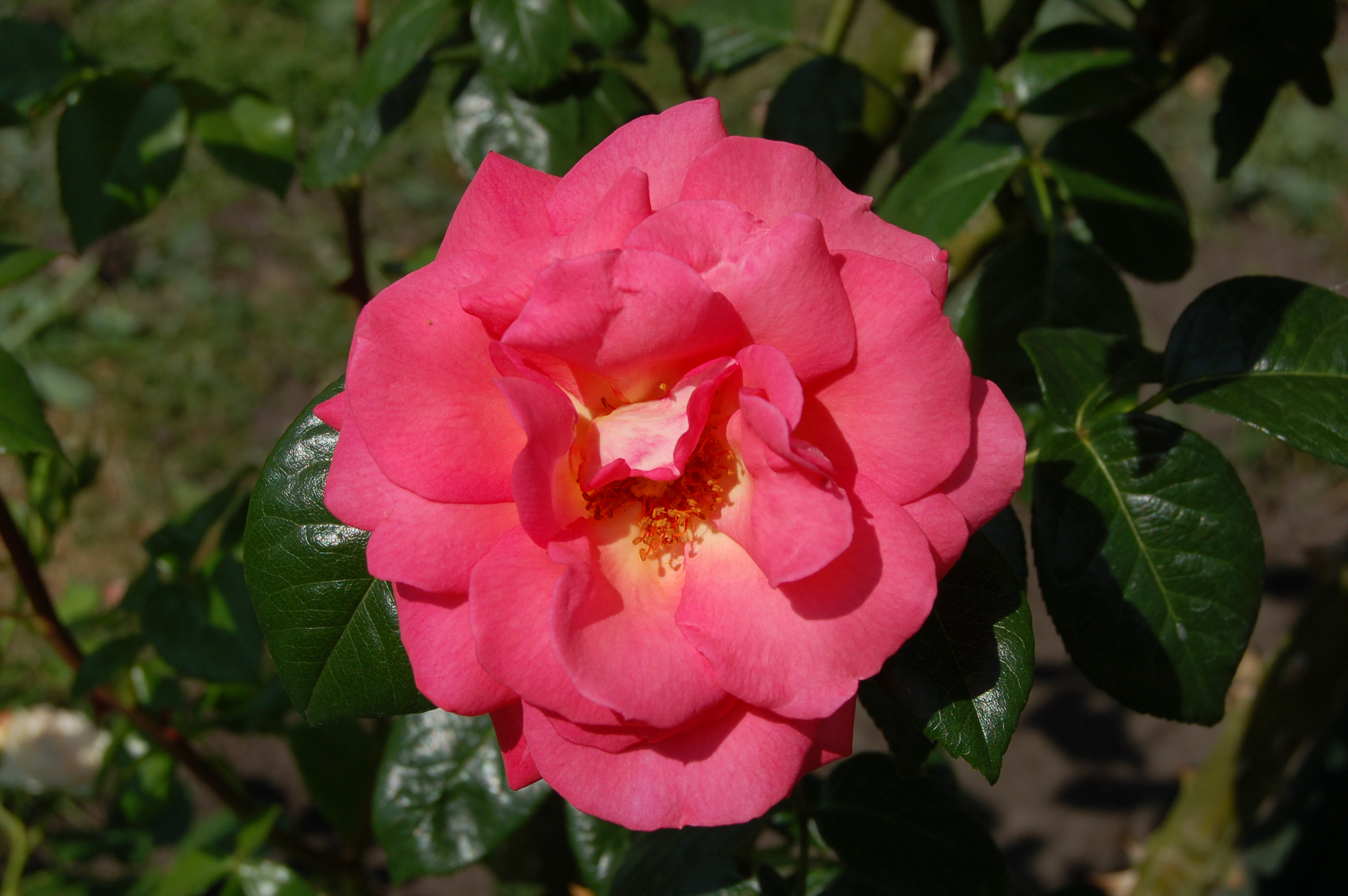
‘Shogun’, Tantau, 1998
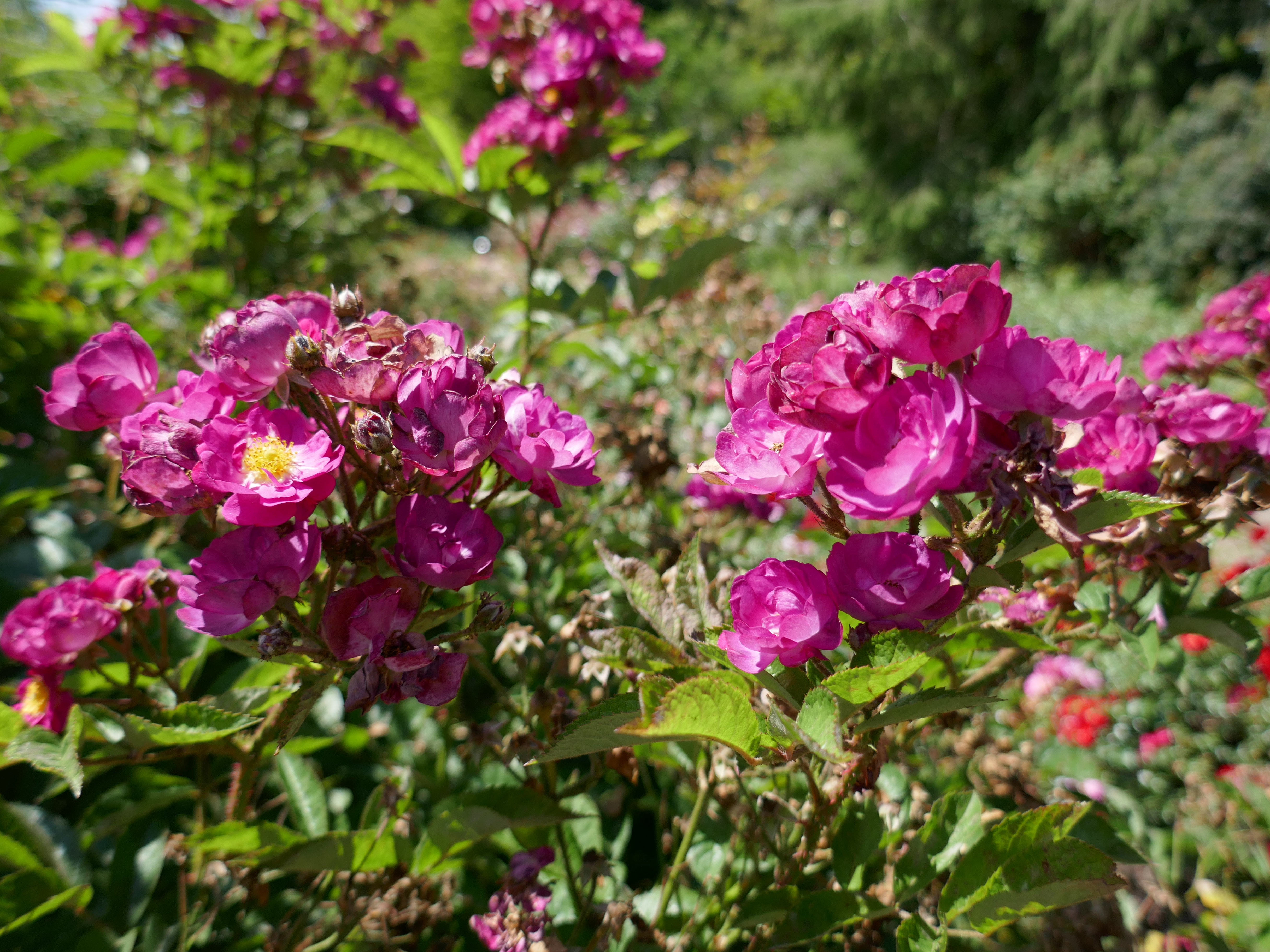
‘Sibelius’, Lens, 1984
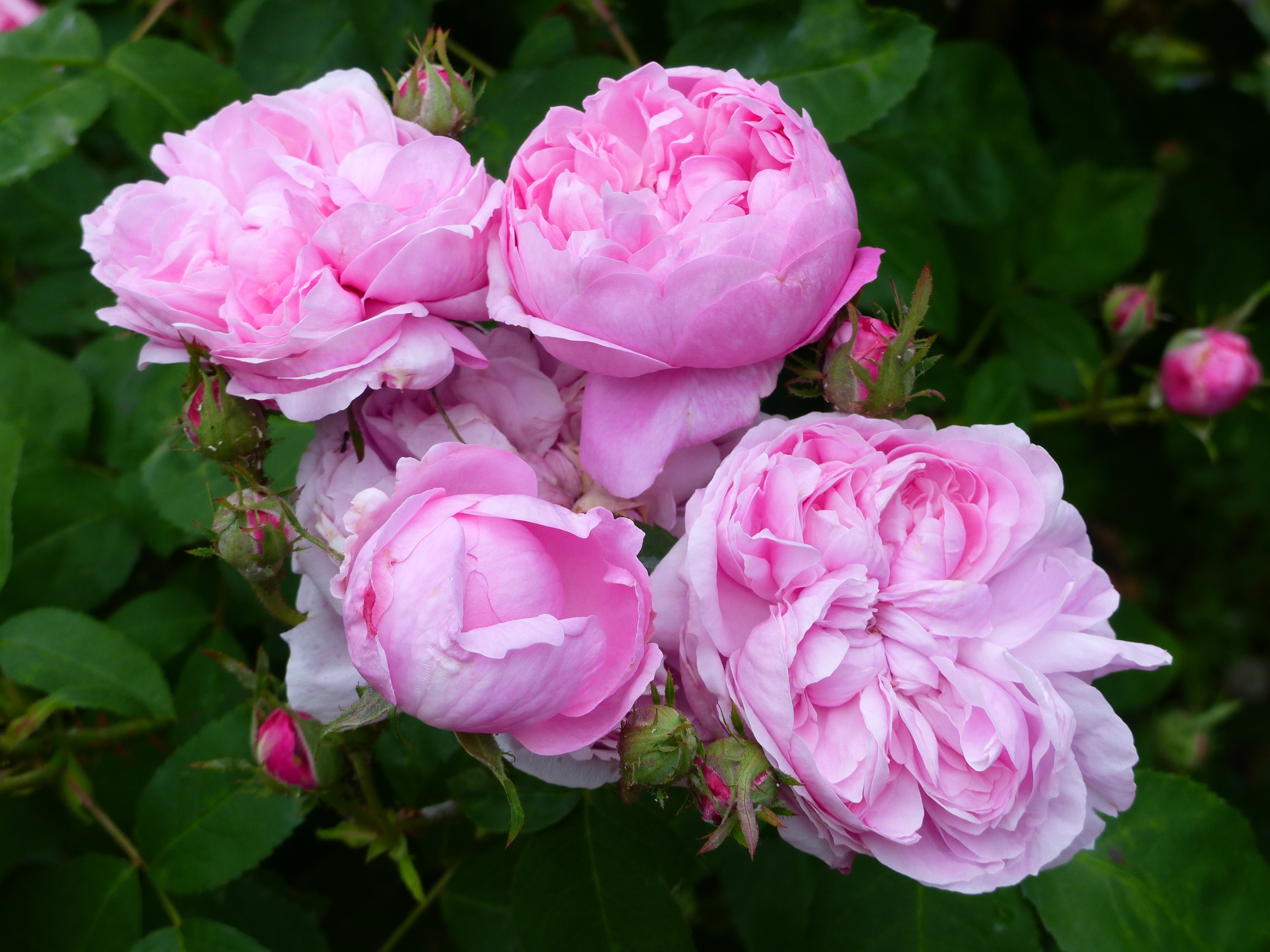
‘Sidonie’, Vibert, 1845
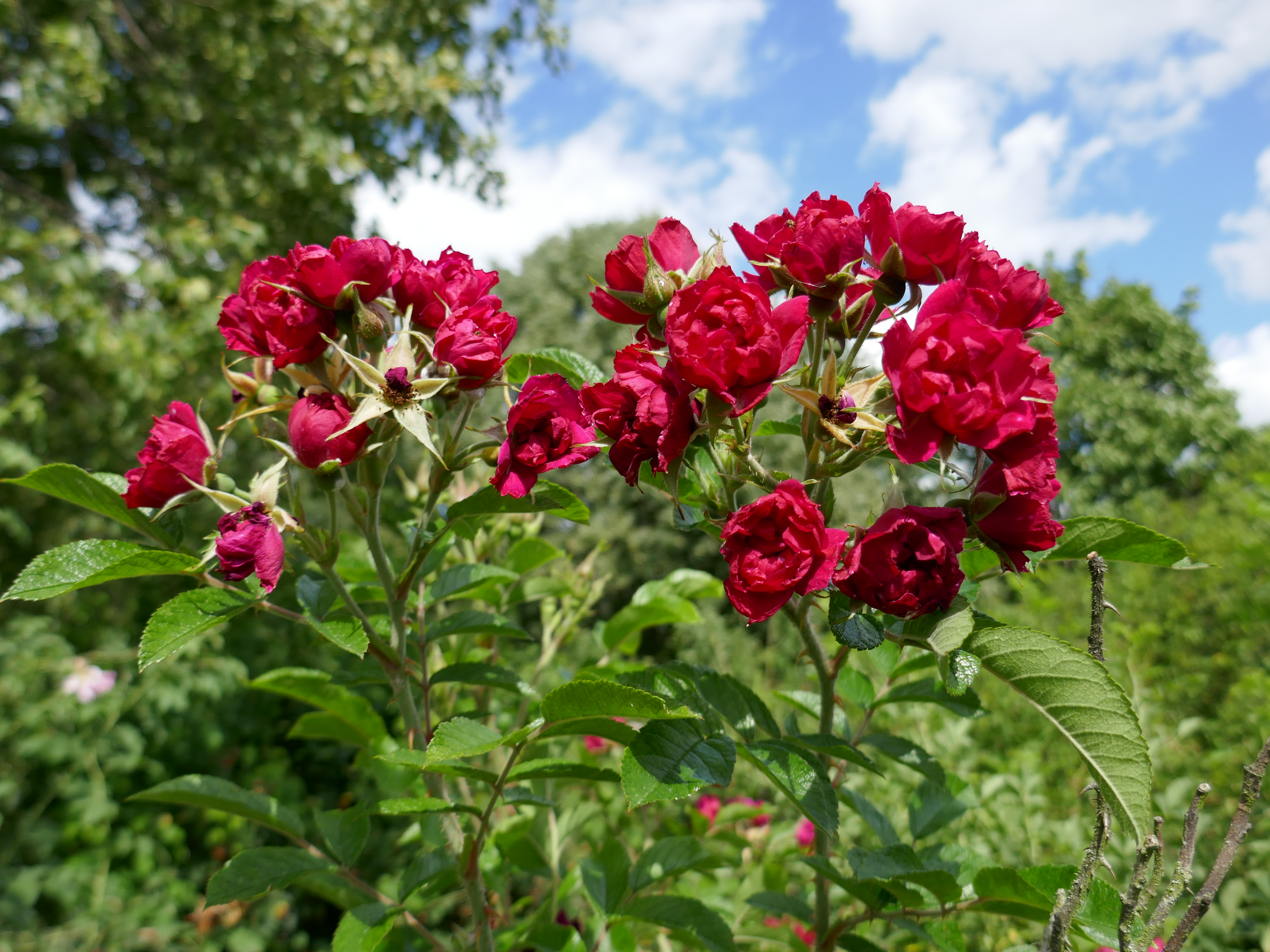
‘Signe Relander’, Poulsen, 1928
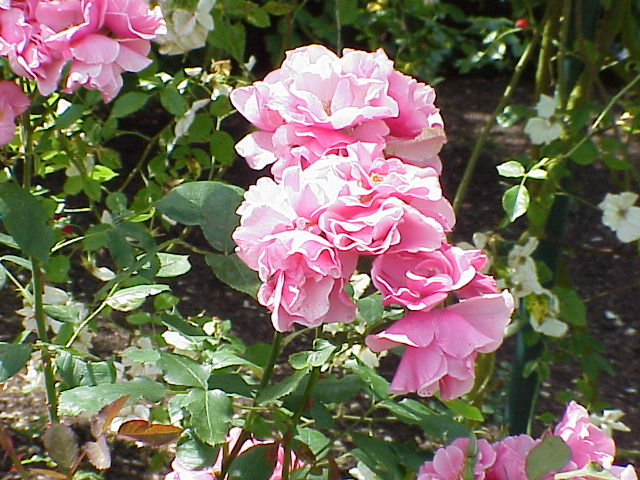
‘Silberlachs’, Tantau, 1944
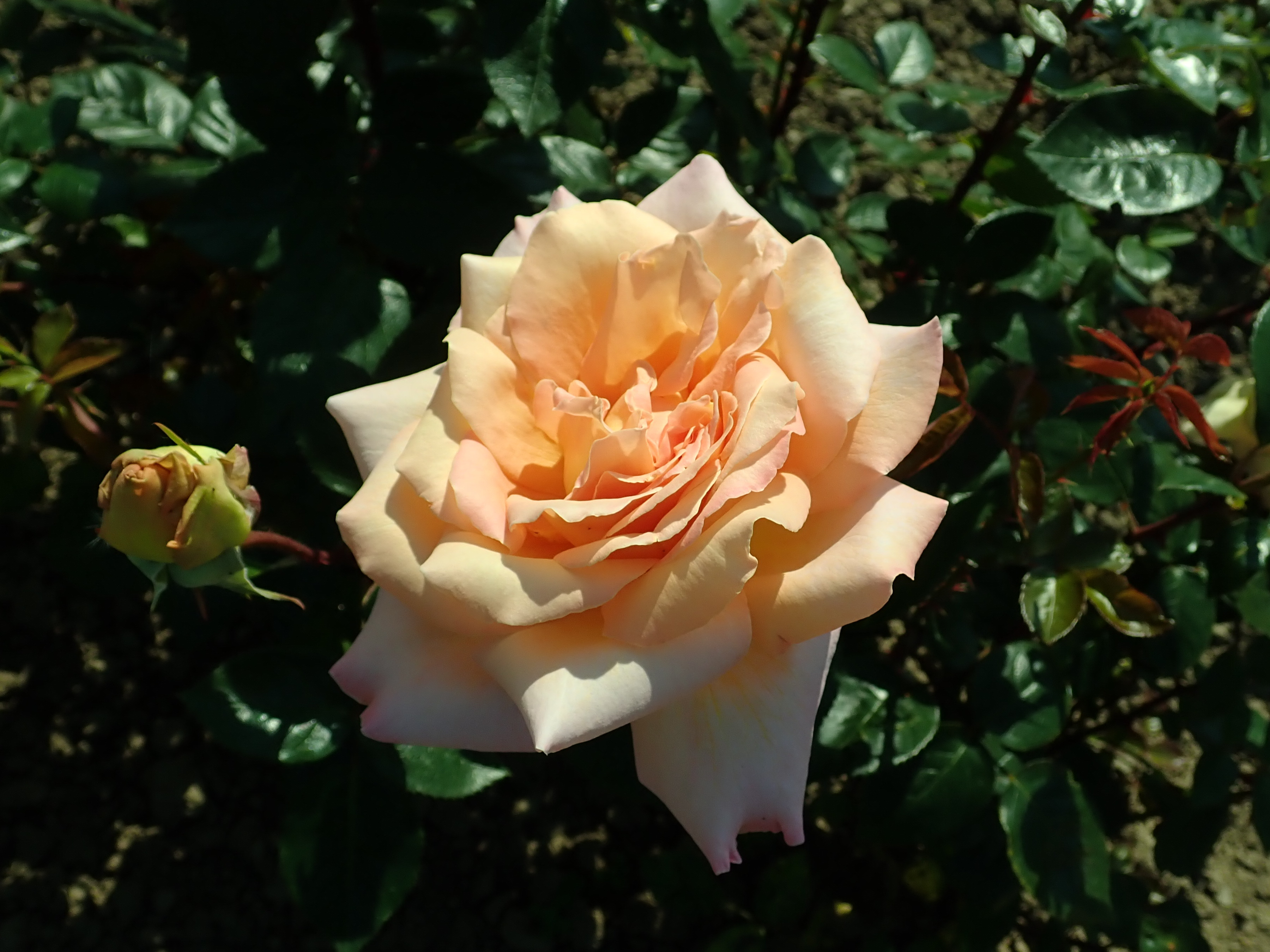
‘Silva’, Meilland, 1964
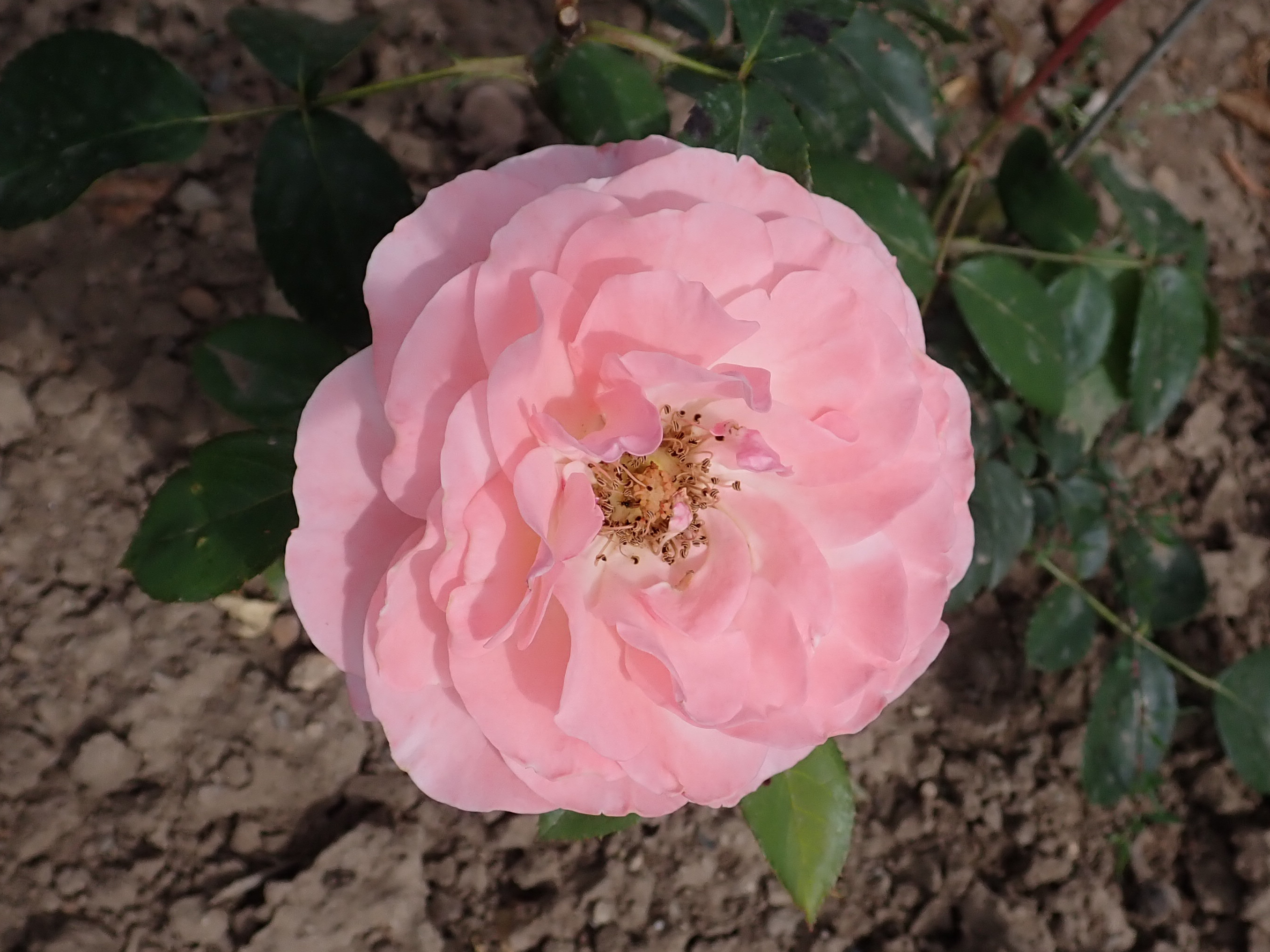
‘Silver Pink’, Louis Lens, 1990
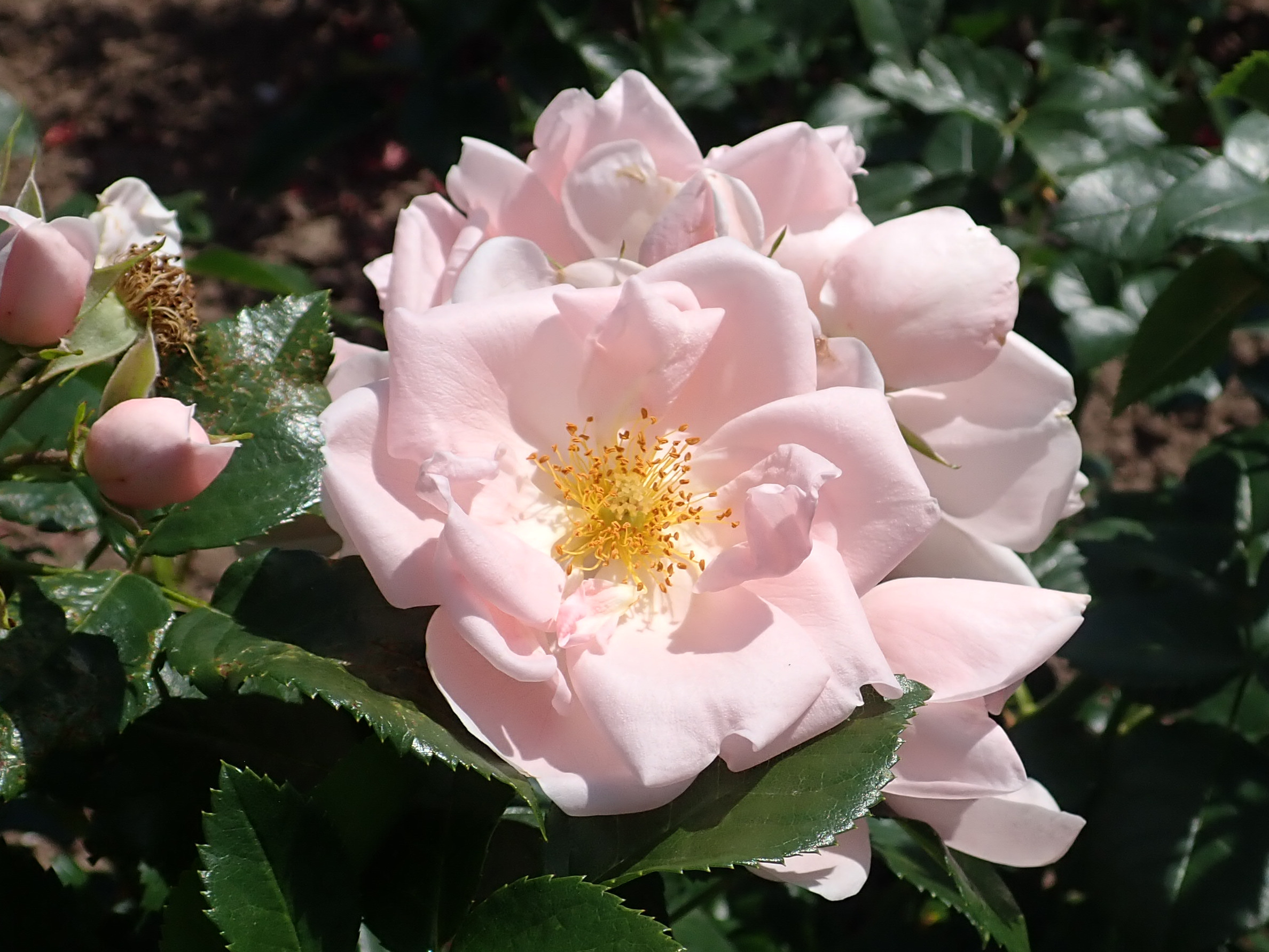
‘Simply’, Noack, 2003
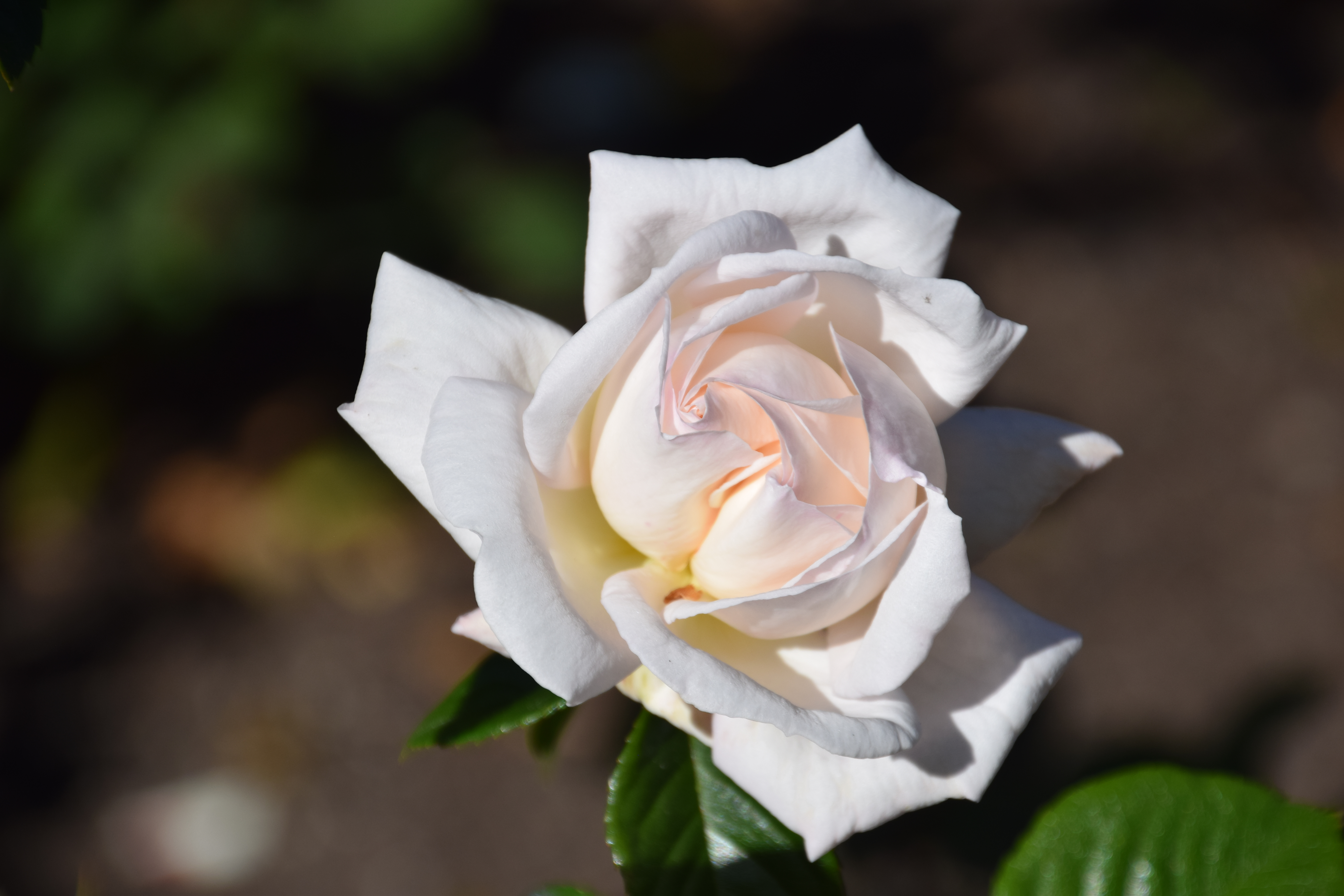
‘Sir Edmund Hillary’, Anne G. Cocker, vor 2008
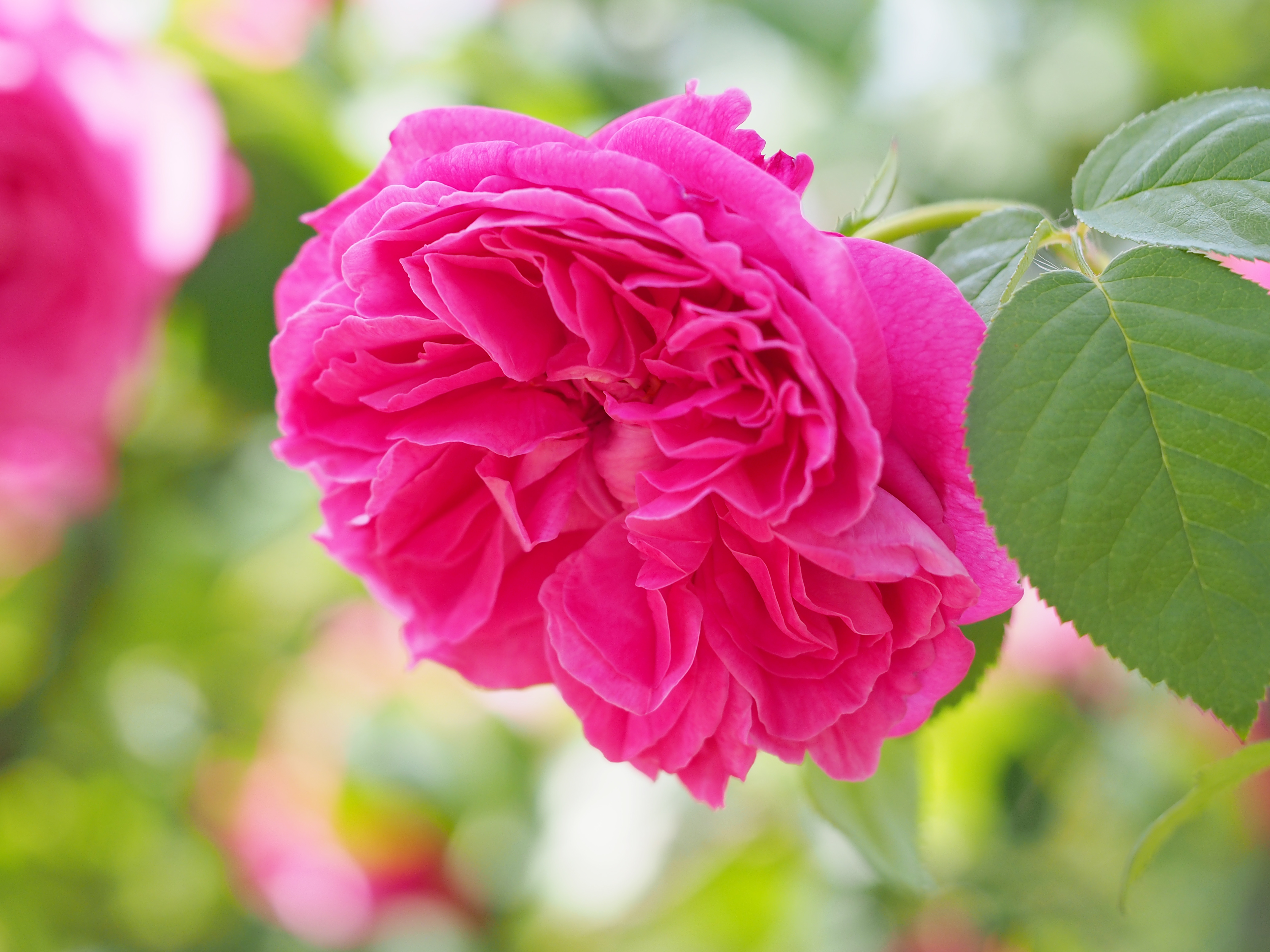
‘Sir Edward Elgar’, David Austin, vor 1991
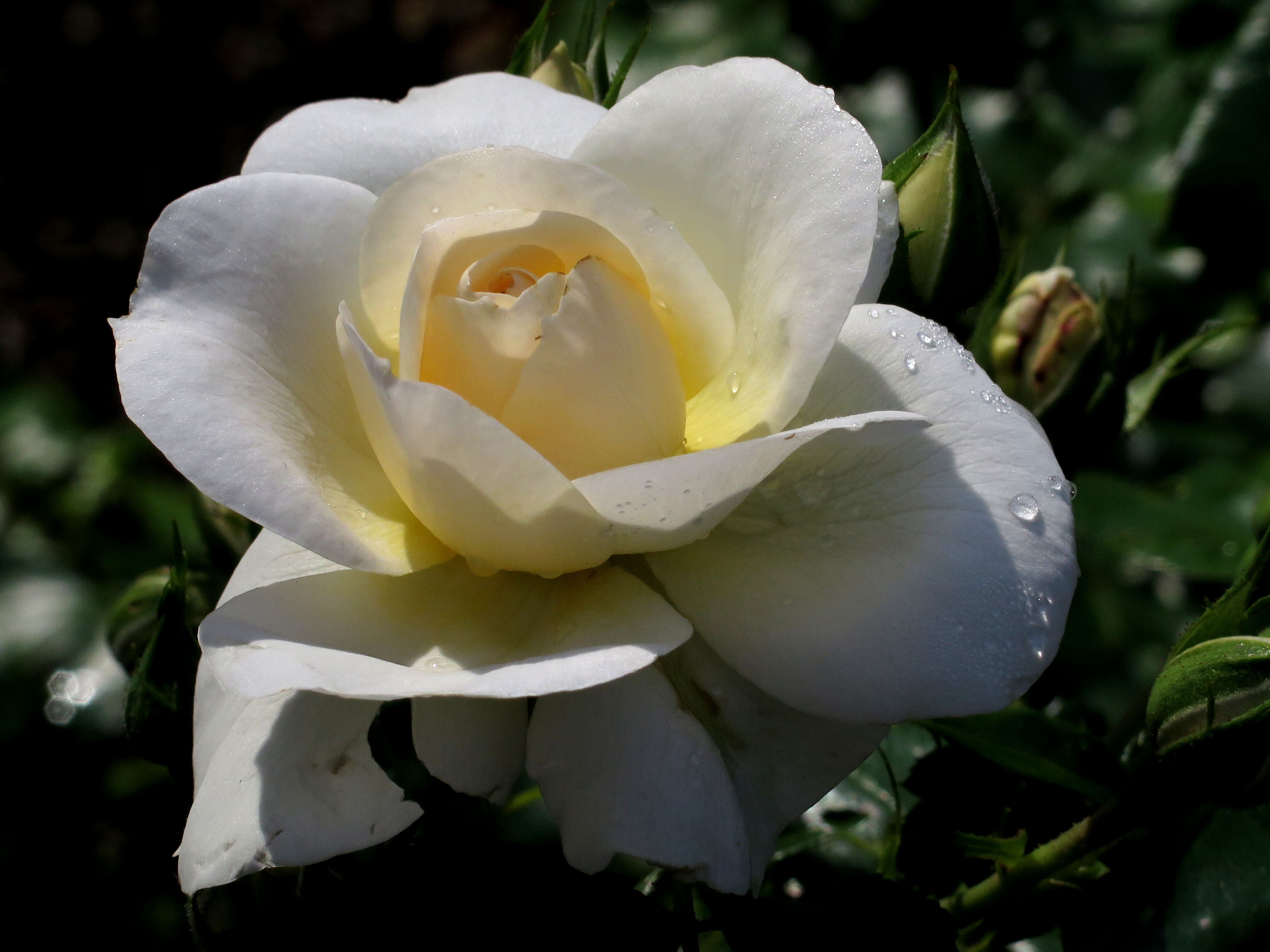
‘Sirius’, Tantau 2013
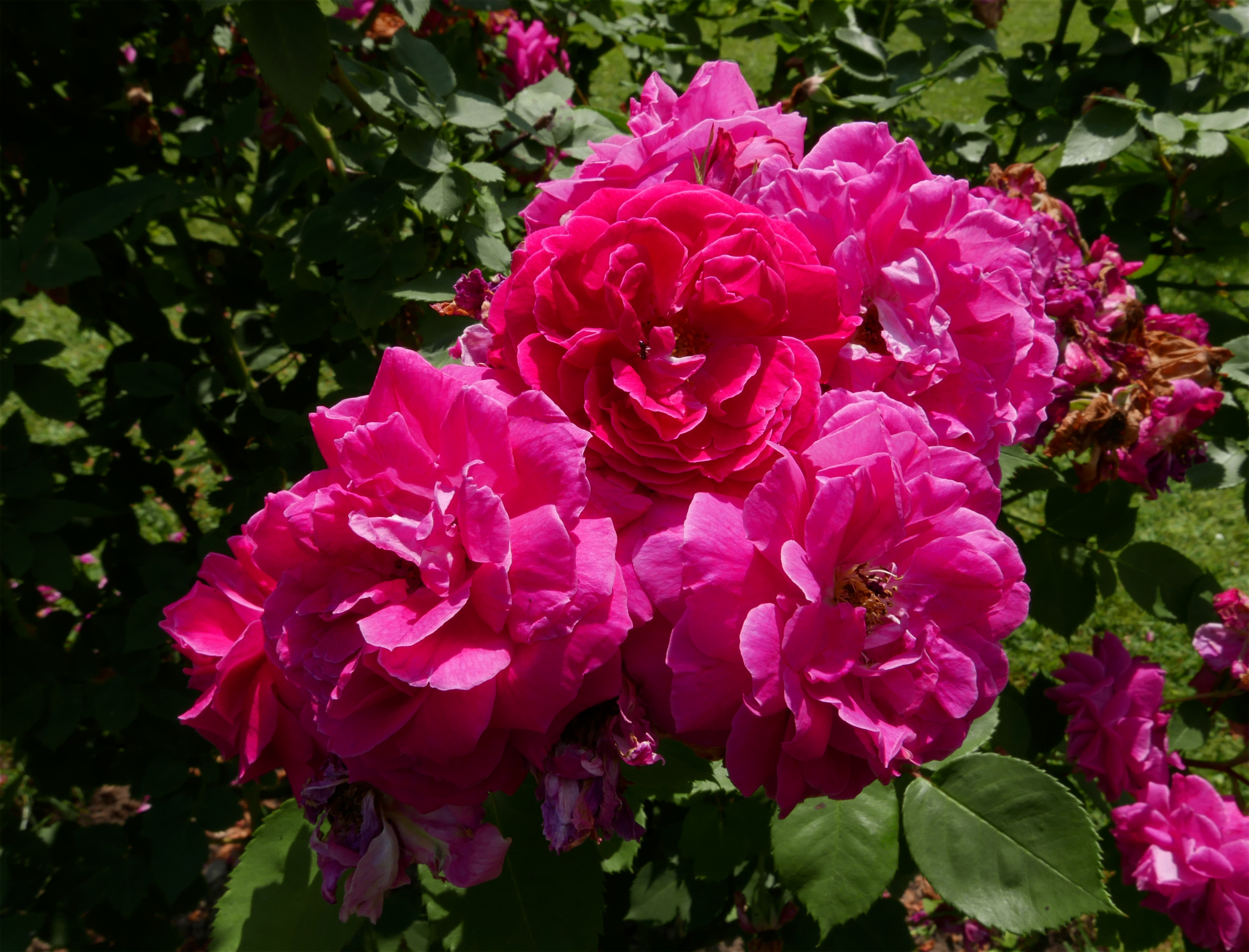
‘Sir Joseph Paxton’, Laffay, 1852
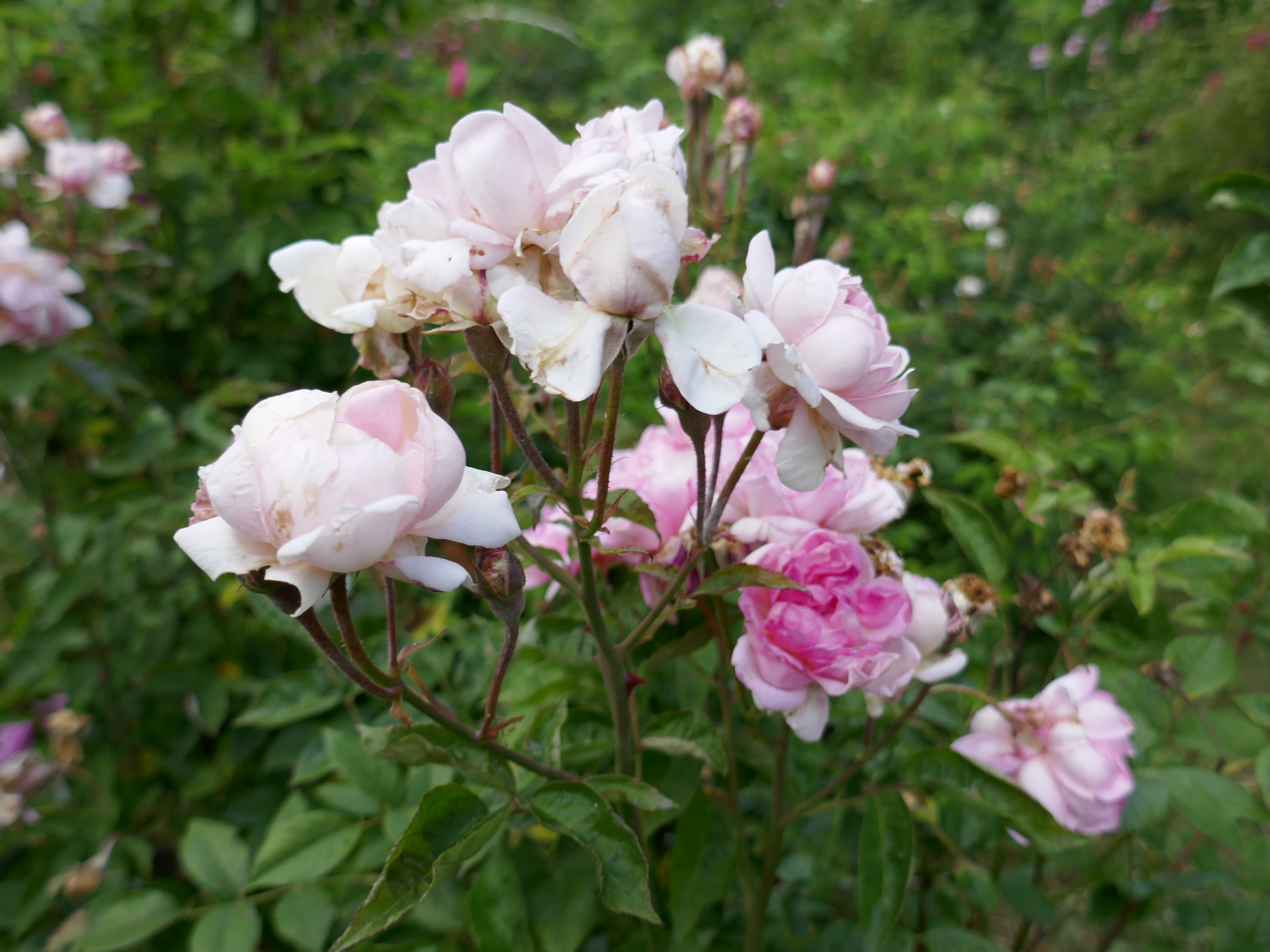
‘Sisi Ketten’, Ketten, 1900
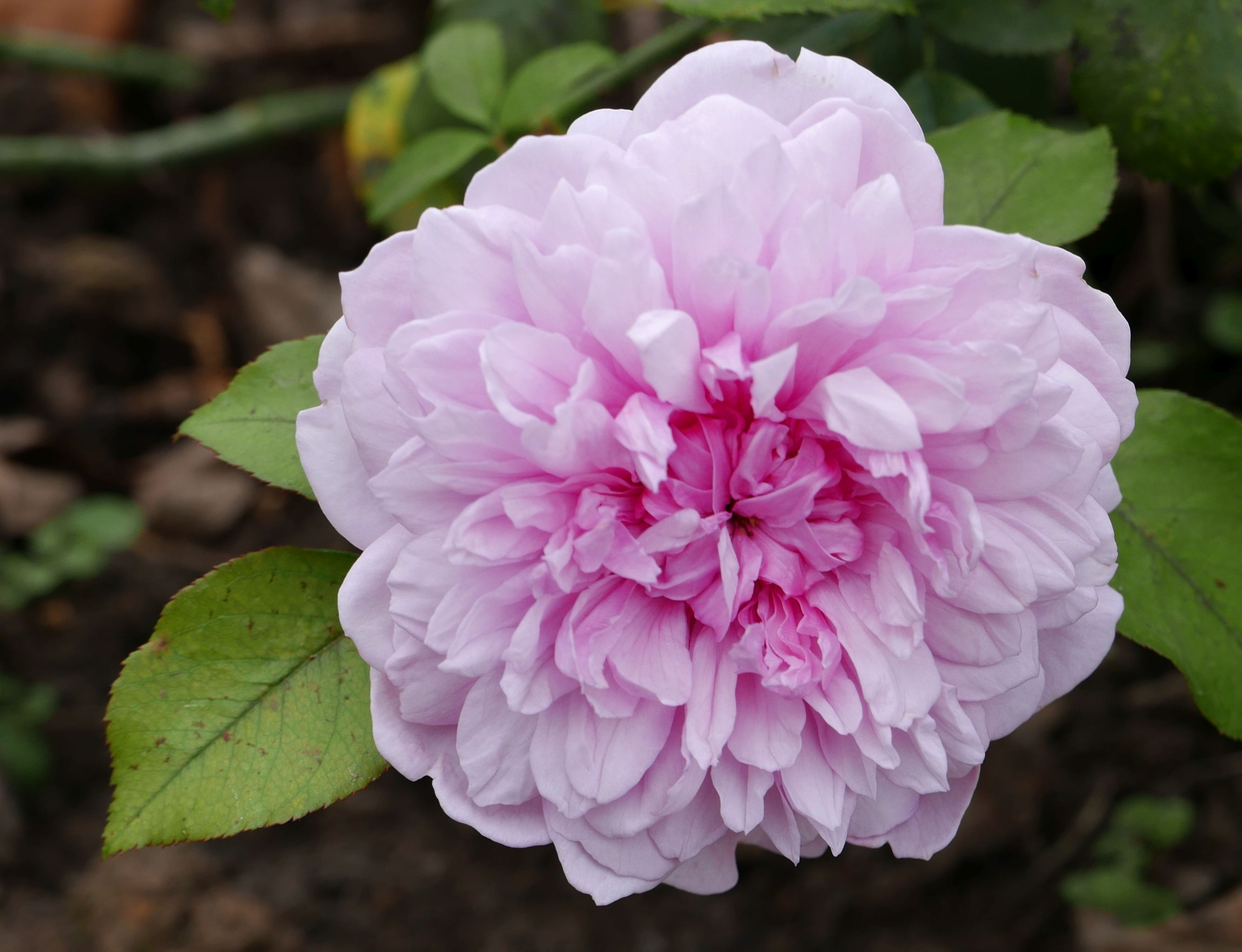
‘Sister Elisabeth’, Austin, 2006
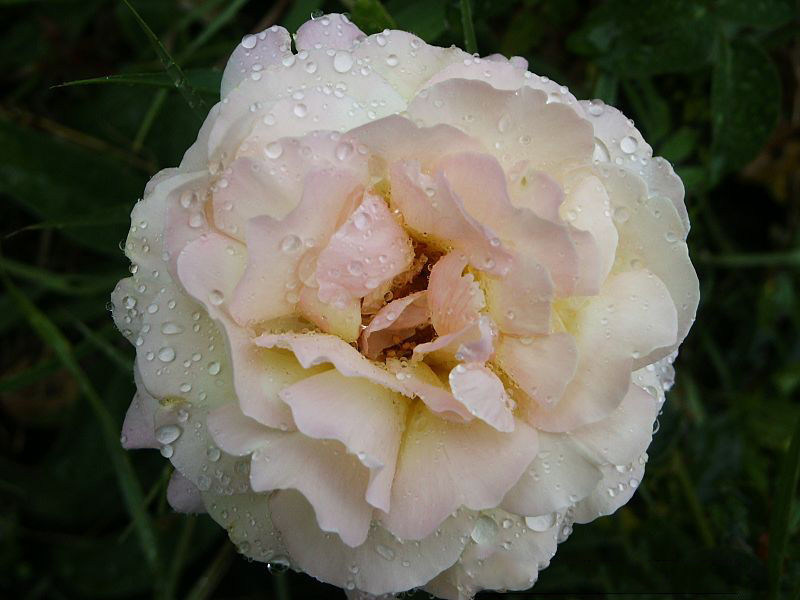
‘Slava Mira’, ?
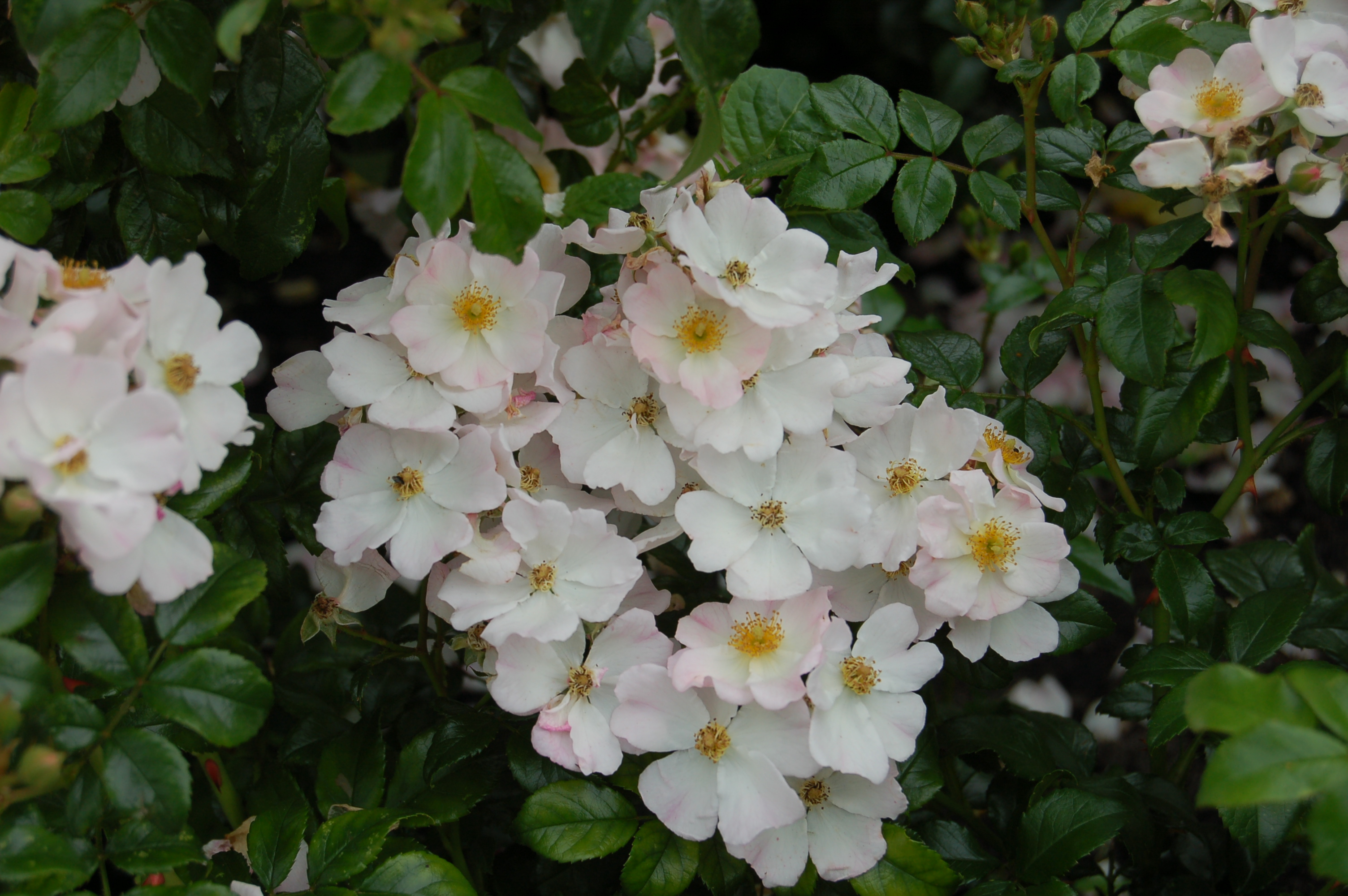
‘Smart Meidiland’, Meilland, 2006
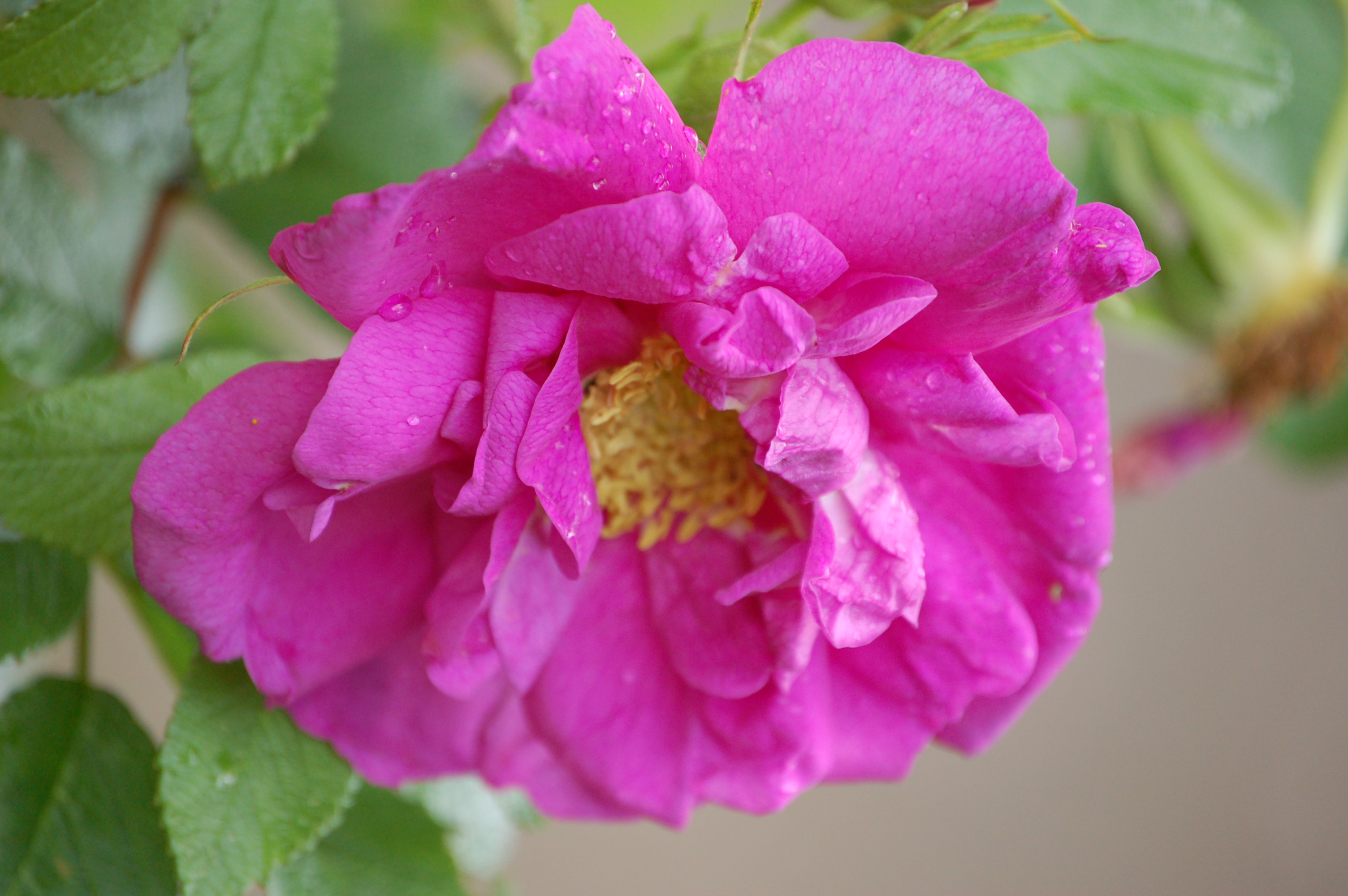
‘Smart Roadrunner’, Uhl/Kordes, 2002
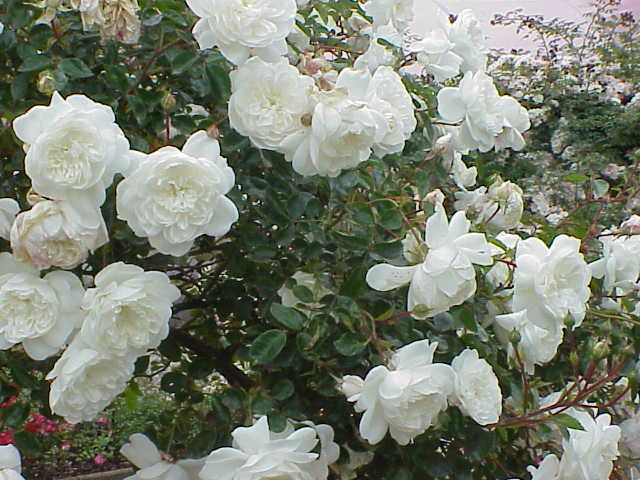
‘Snow Ballet’, Clayworth/Harkness, 1978
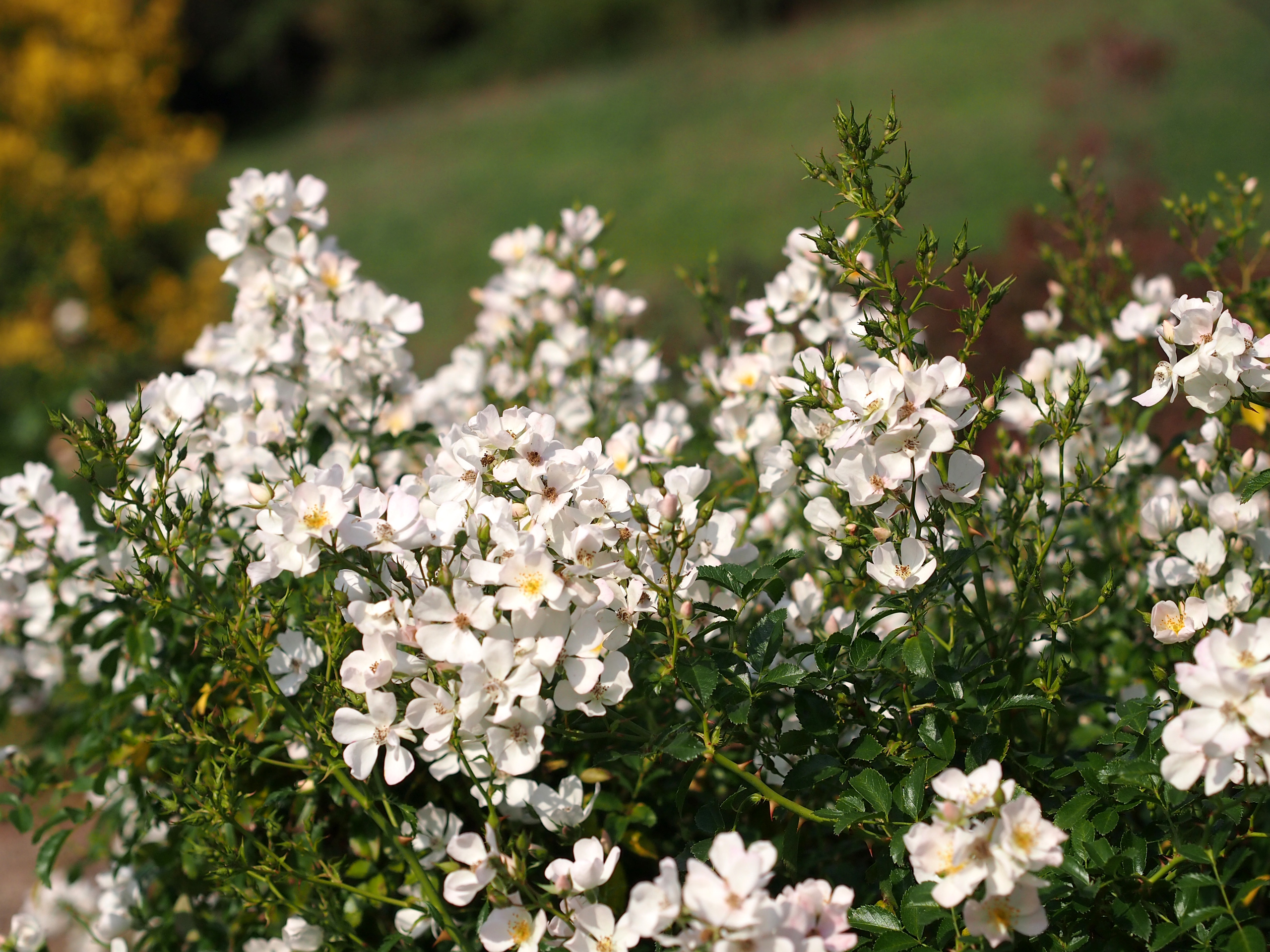
‘Snowcone’, Keith W. Zary/Jackson & Perkins, 2006
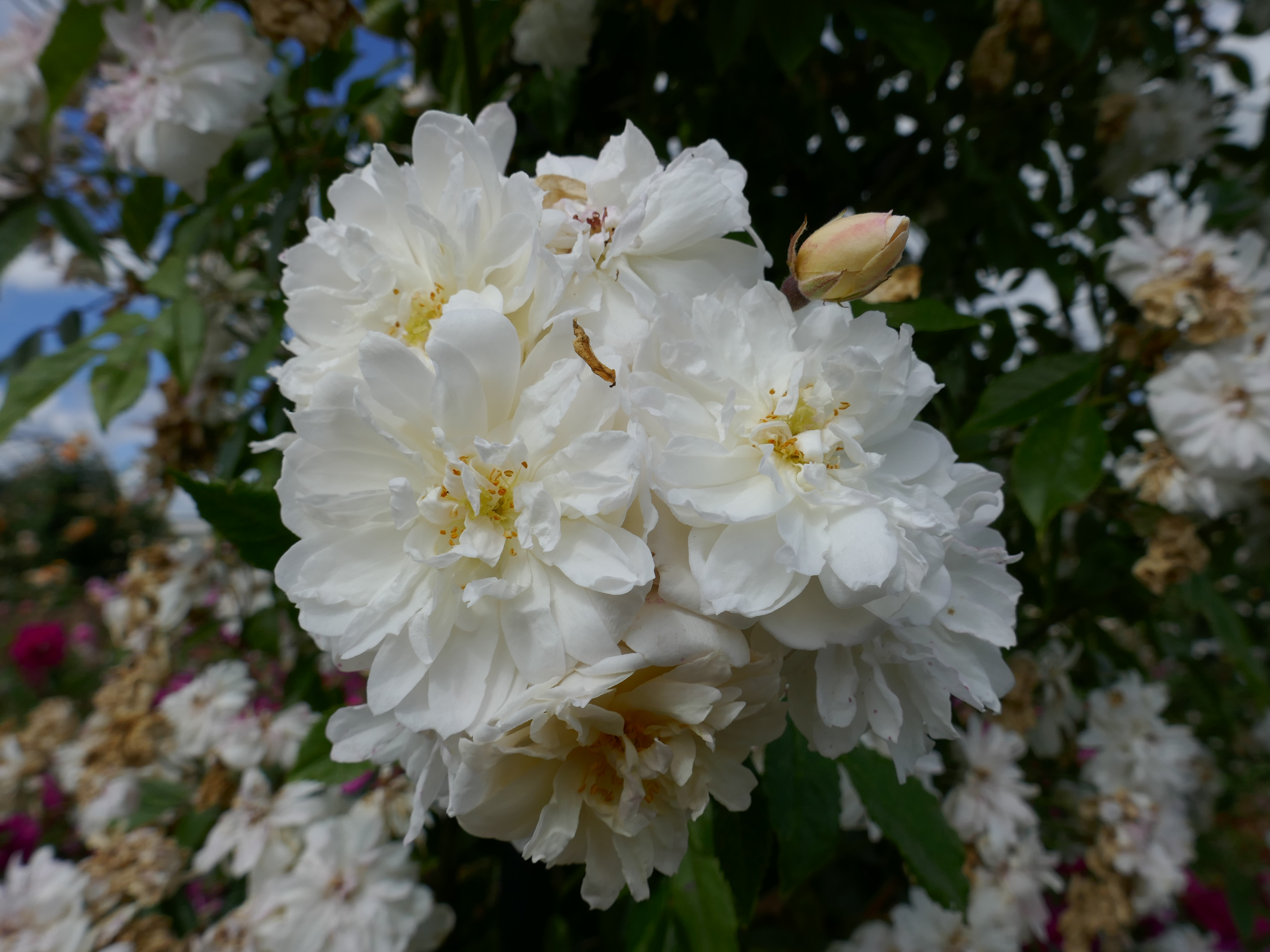
‘Snow Goose’, Austin, 1996
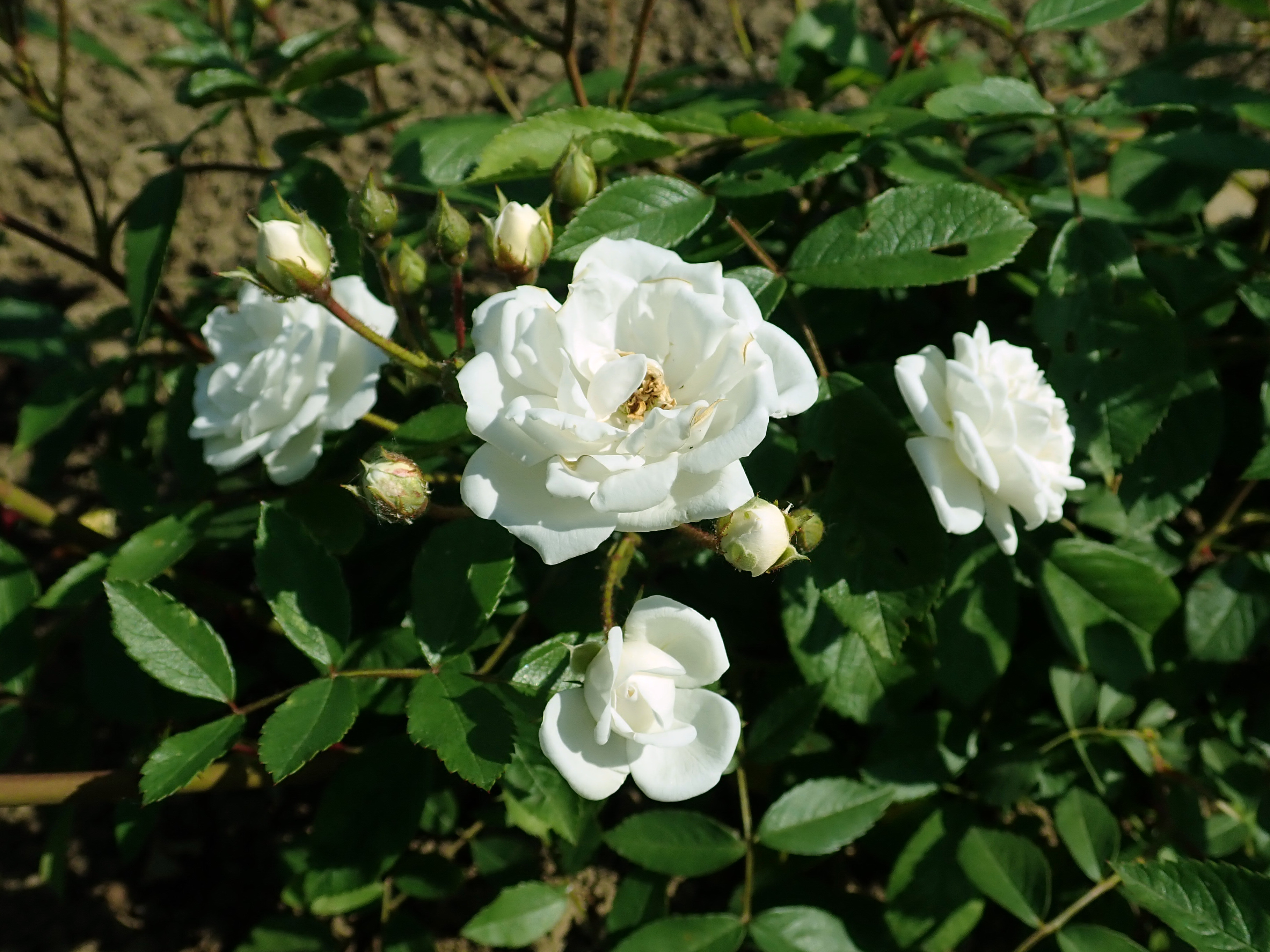
‘Snow Spray’, Frank Riethmuller, 1957
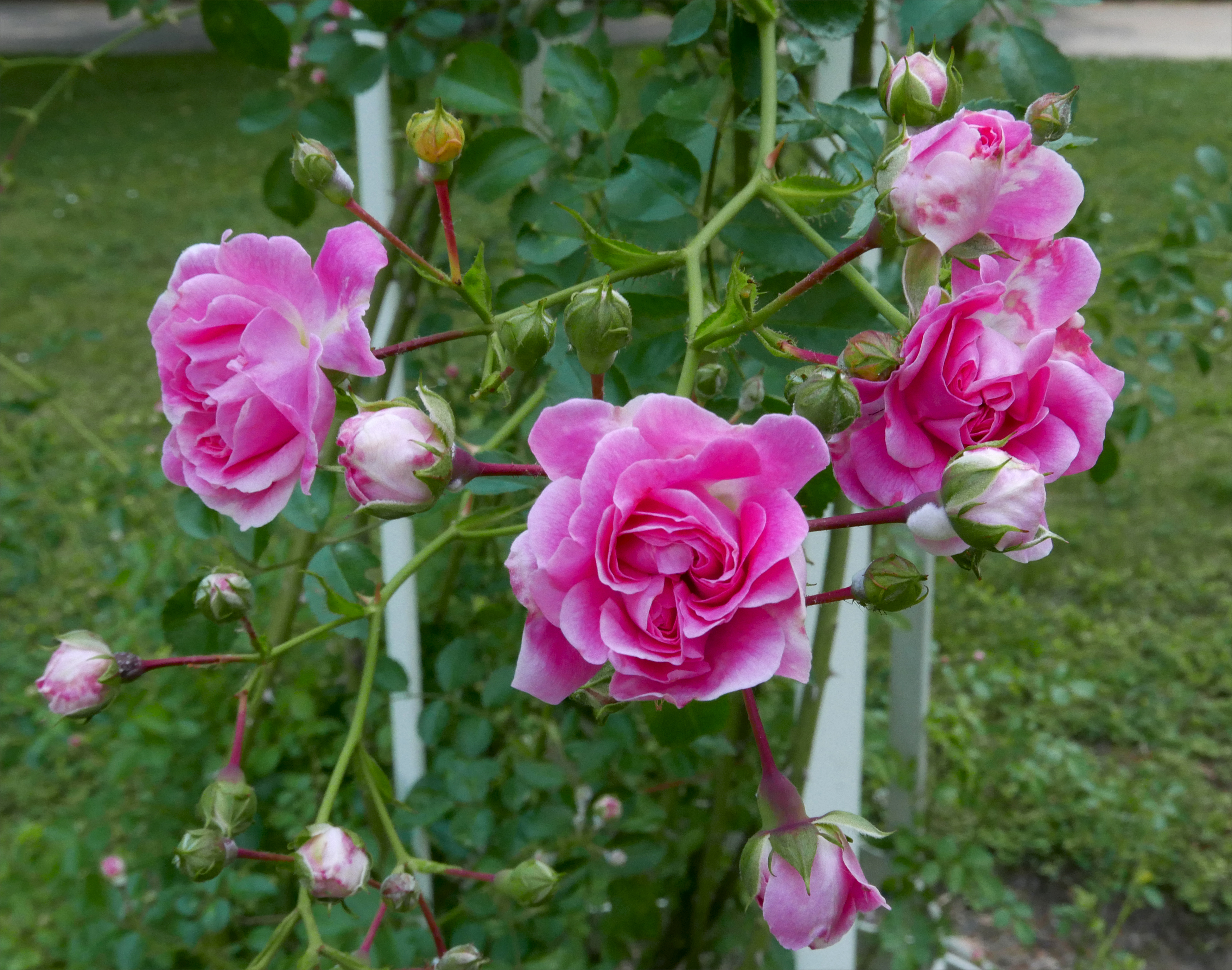
‘Sodenia’, Weigand, 1910
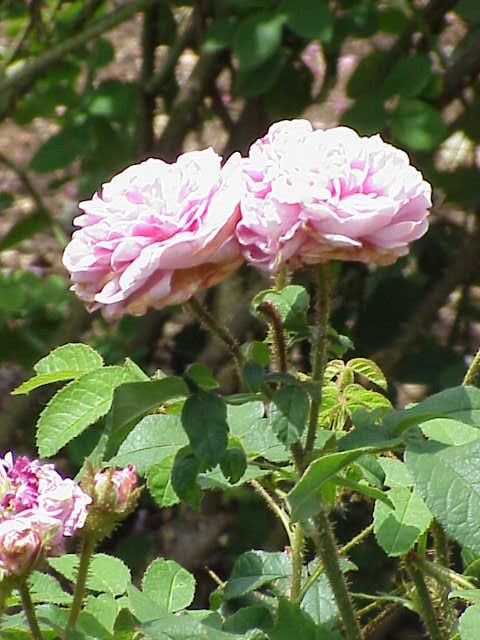
‘Soeur Marthe’, Vibert, 1848
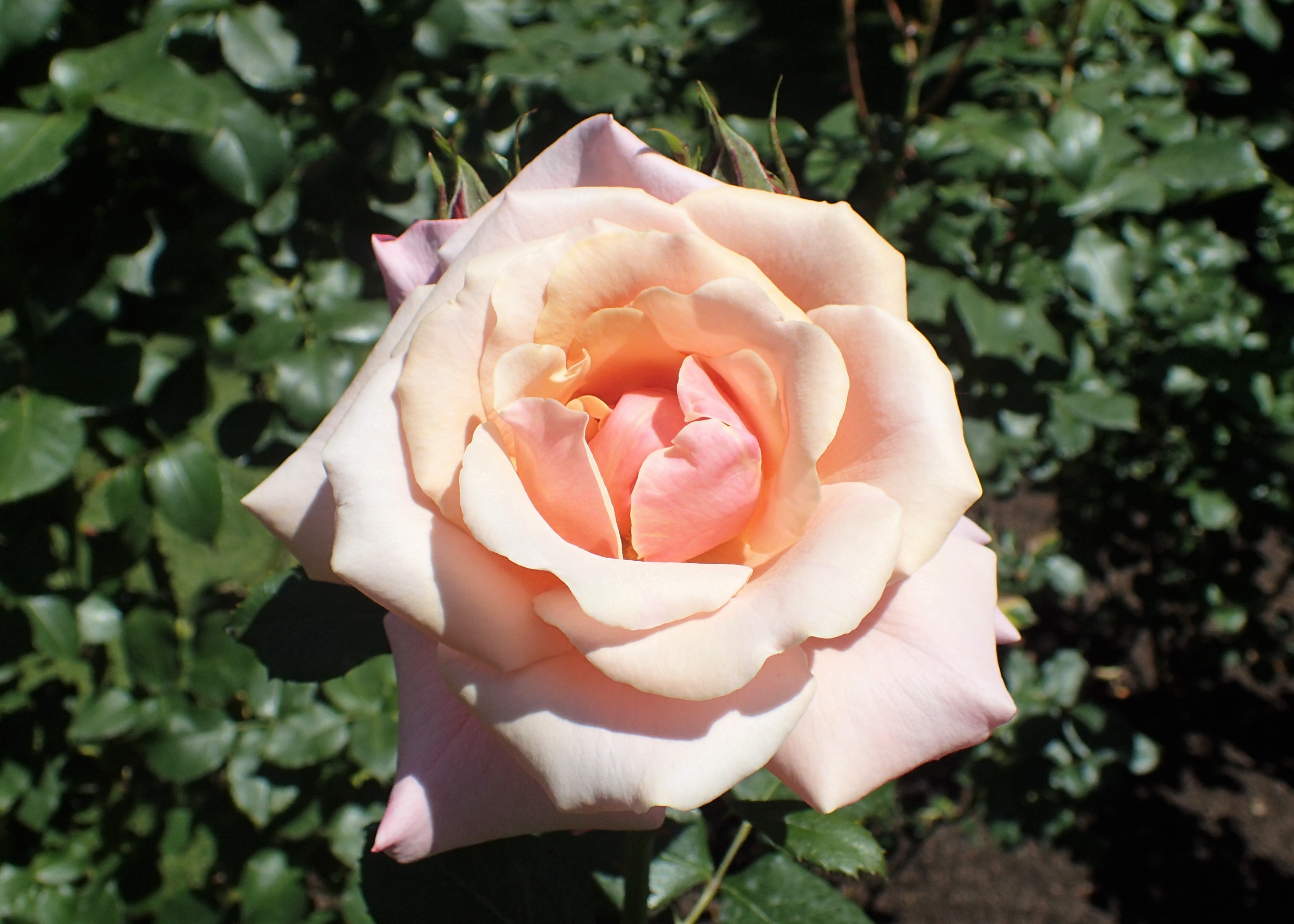
‘Softly Softly’, Harkness, 1977
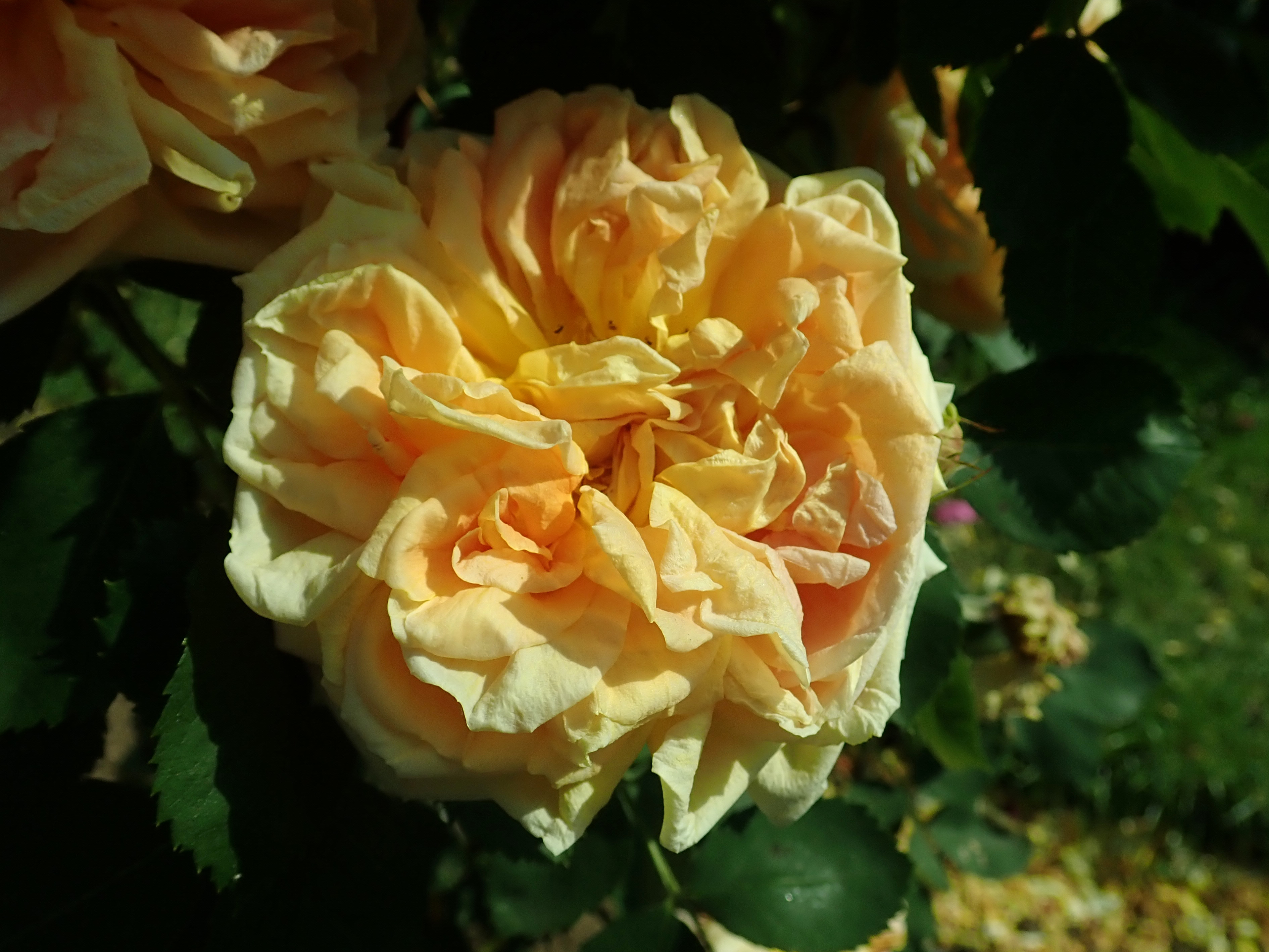
‘Soleil d’Or’, Joseph Pernet-Ducher, vor 1884
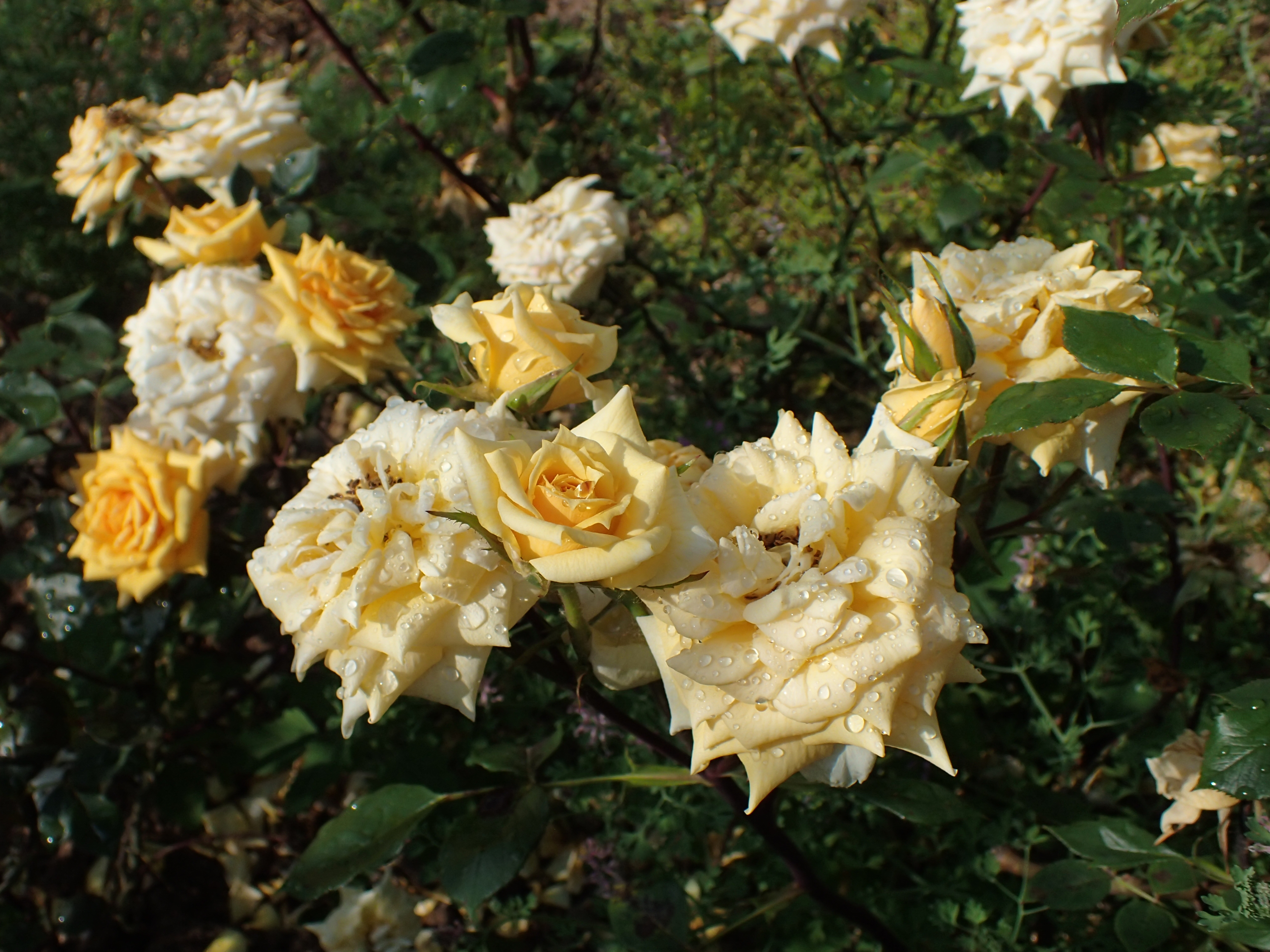
‘Sole di San Remo’, Mansuino, 1975
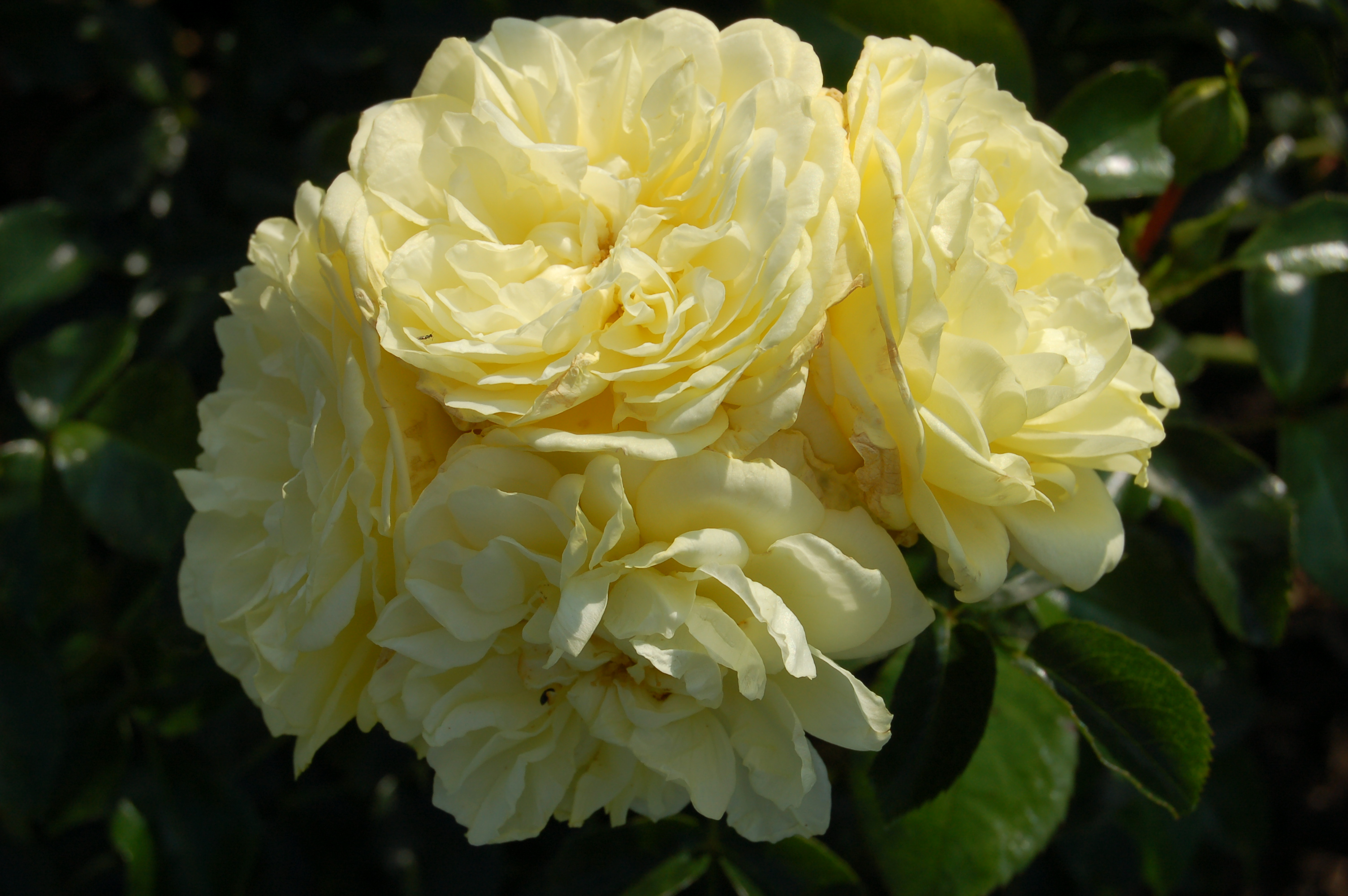
‘Solero’, Kordes, 2005
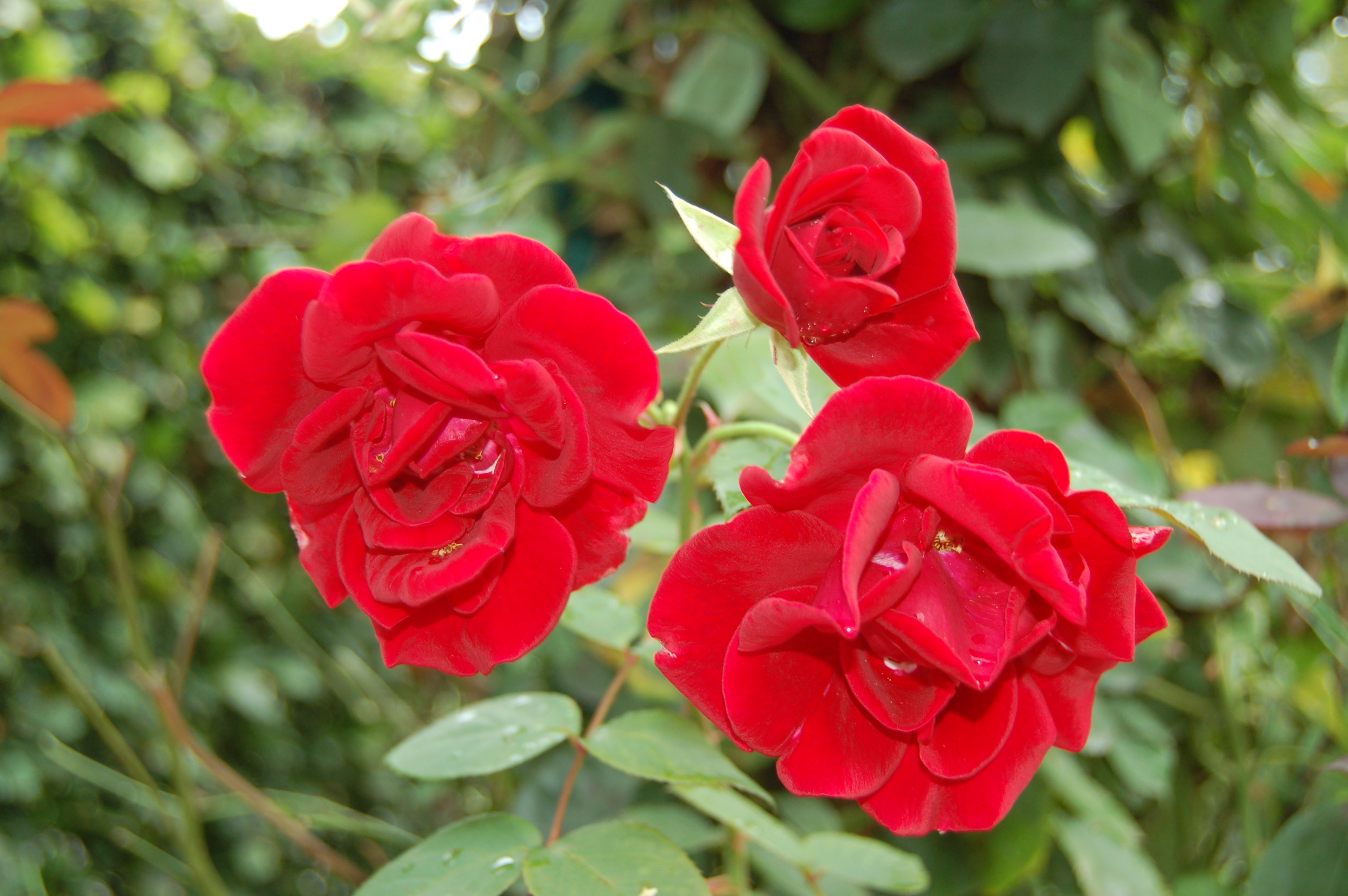
‘Solo’, Tantau, 1956
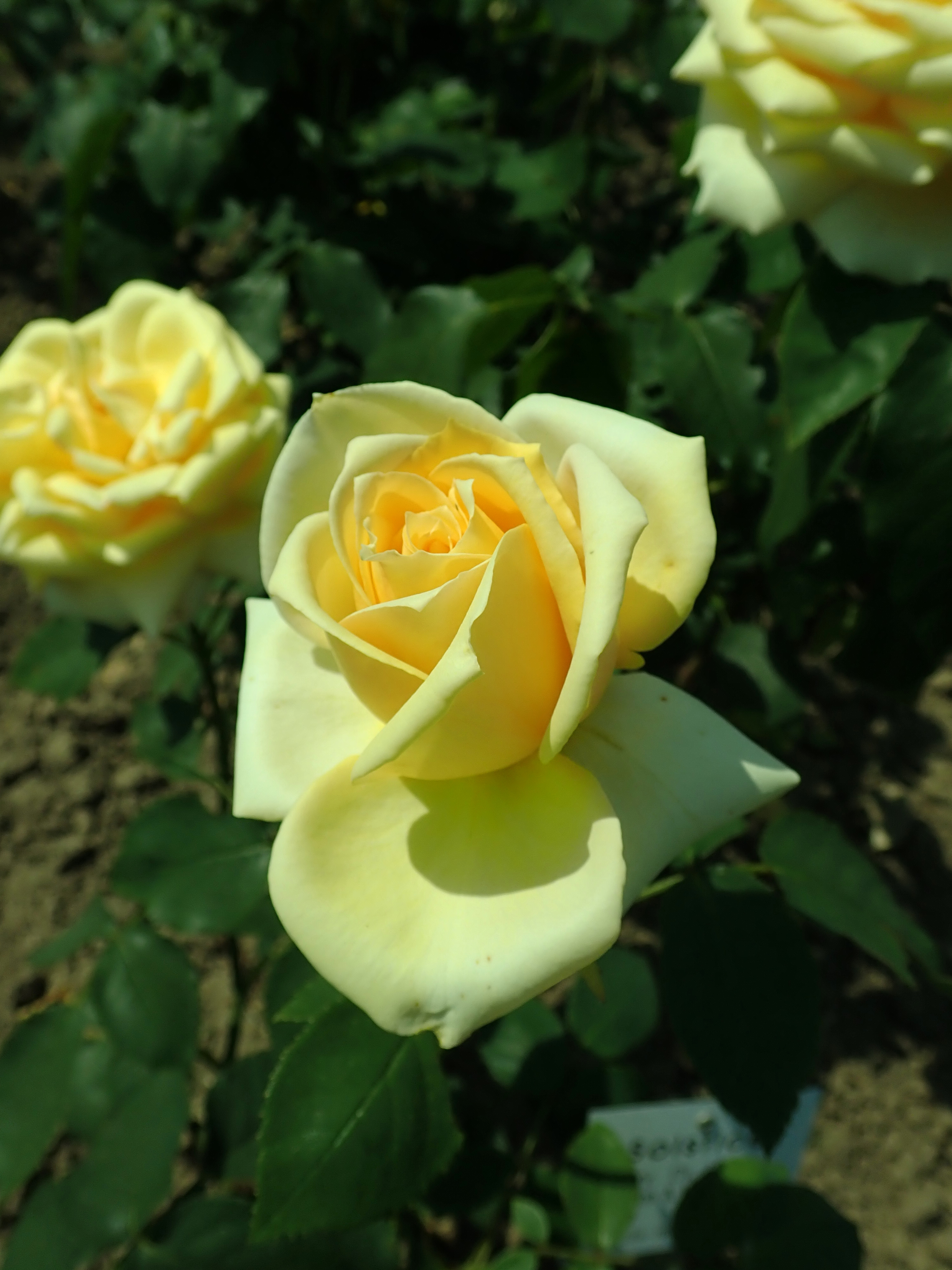
‘Solstice’, Keith W. Zary/Jackson & Perkins, 2005
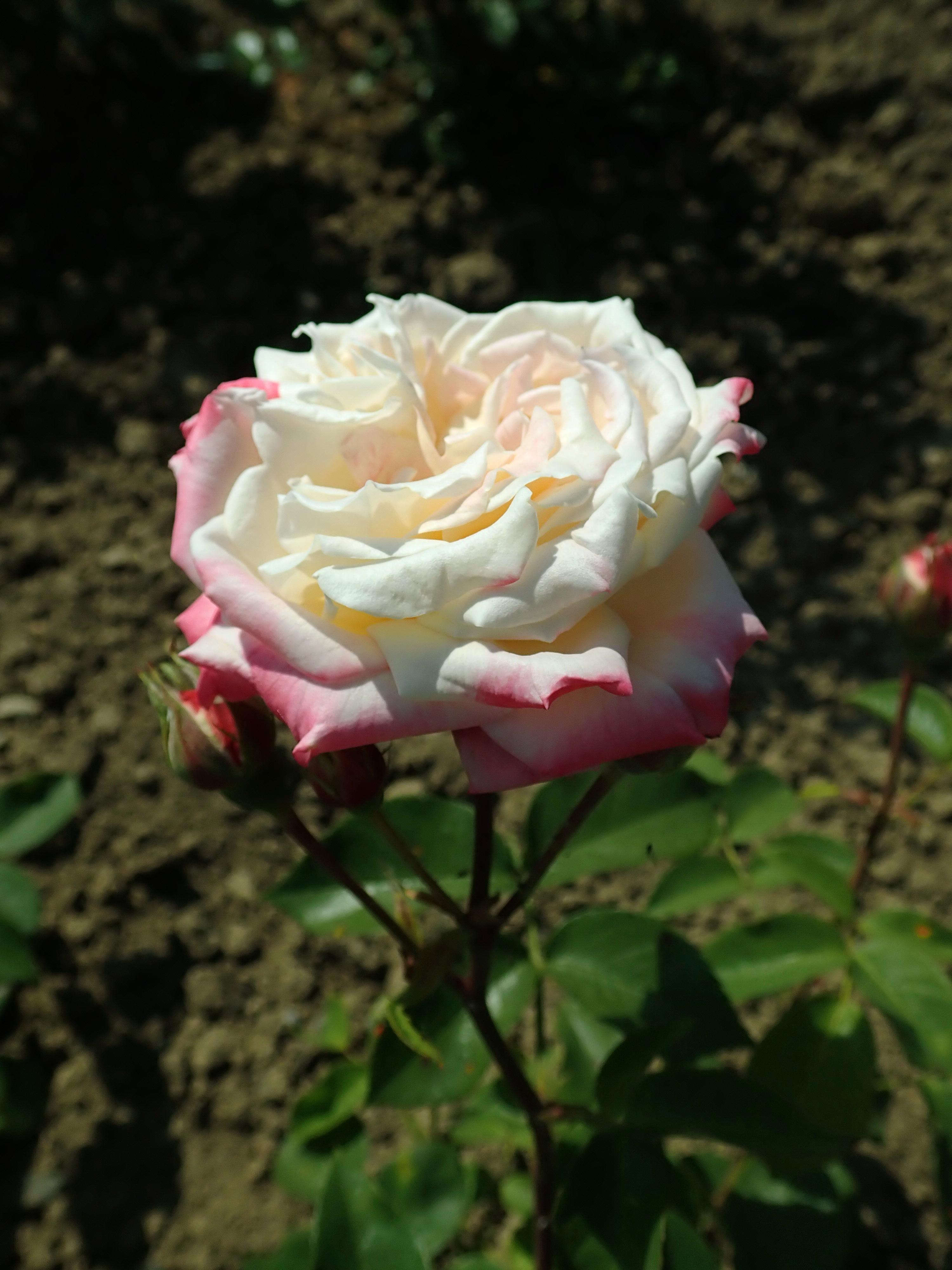
‘Sombrero’, Samuel Darragh McGredy IV, 1962
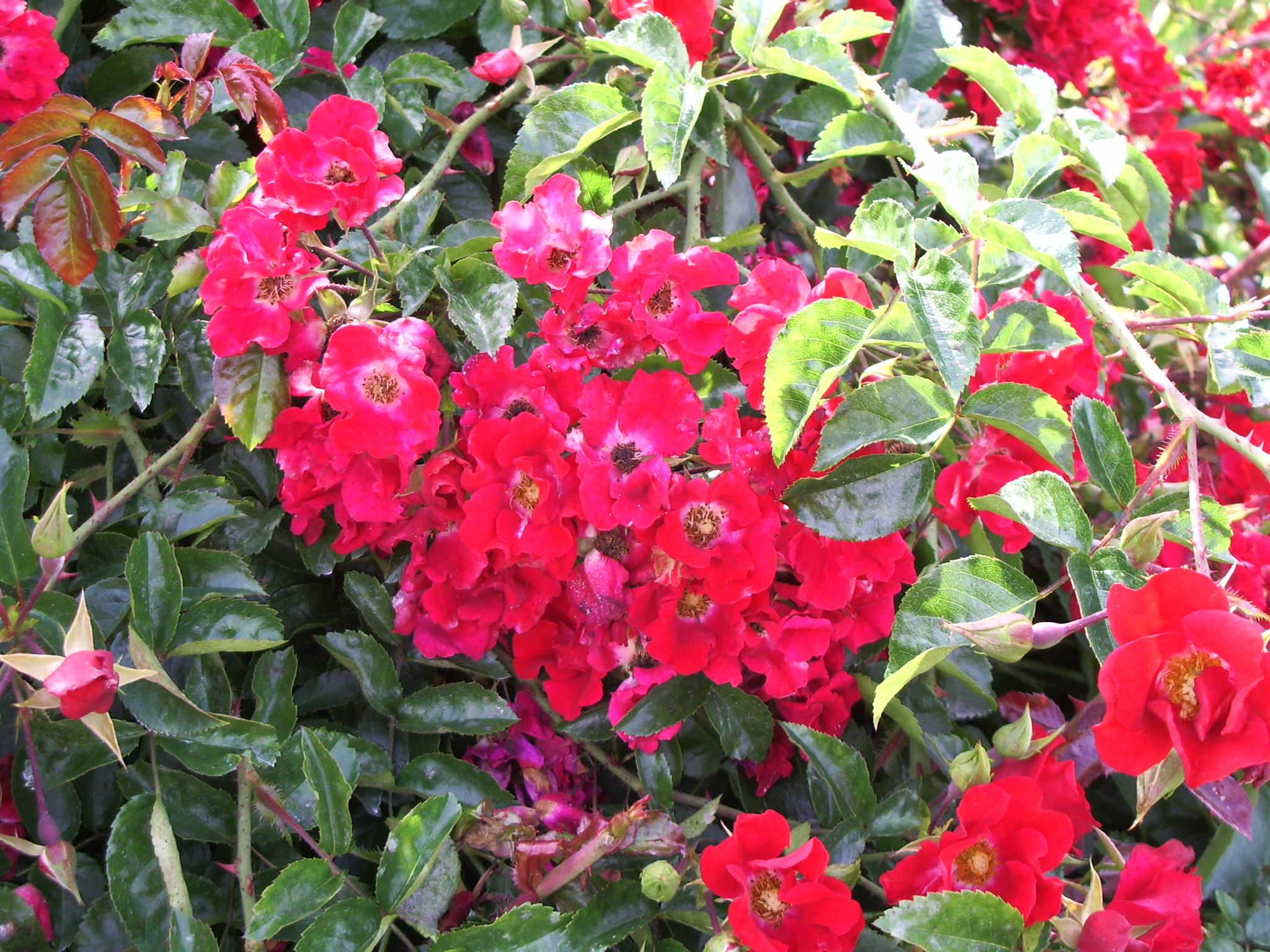
‘Sommerabend’, Kordes, 1995
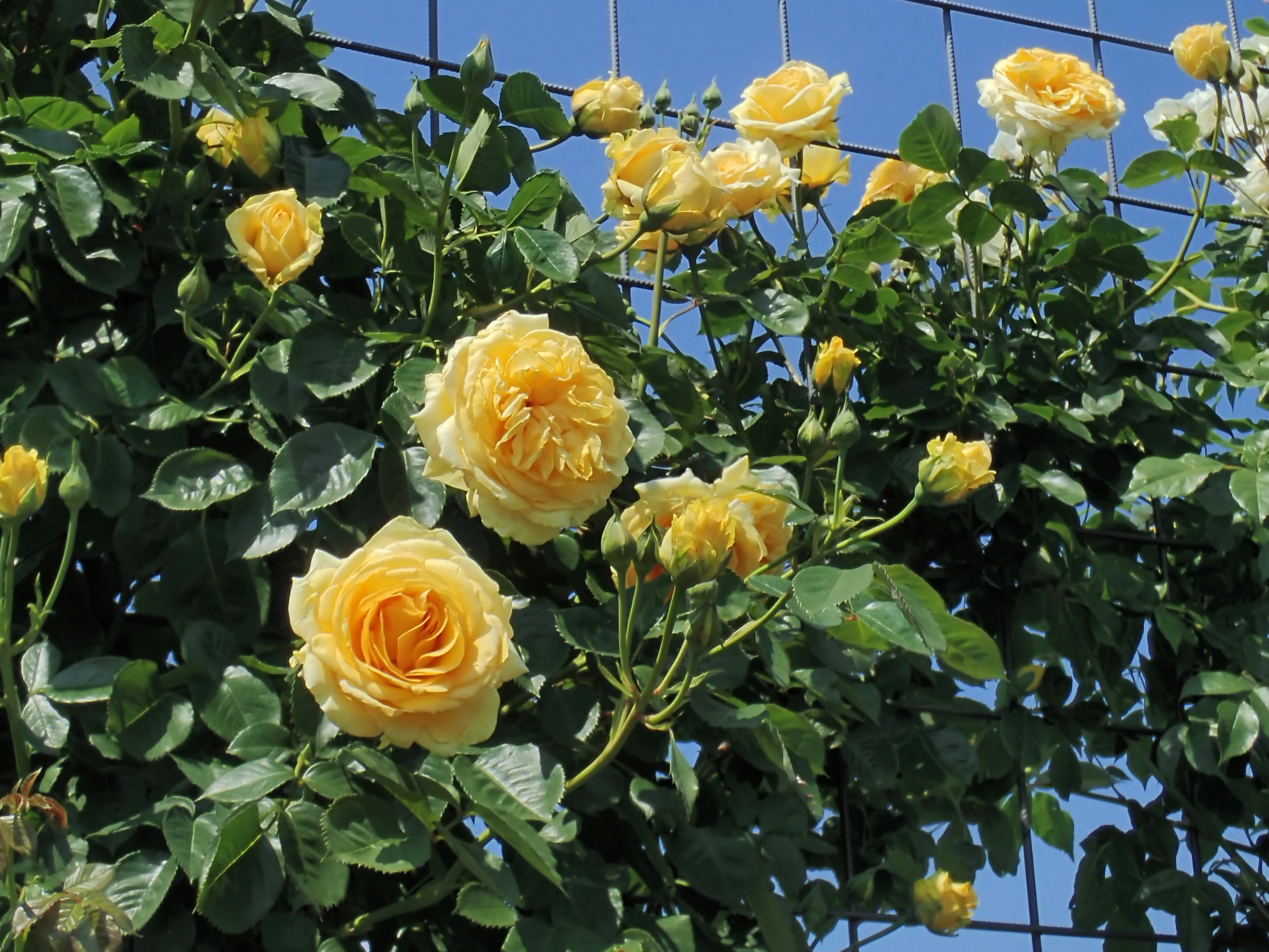
‘Sommergold’, Noack, 2012
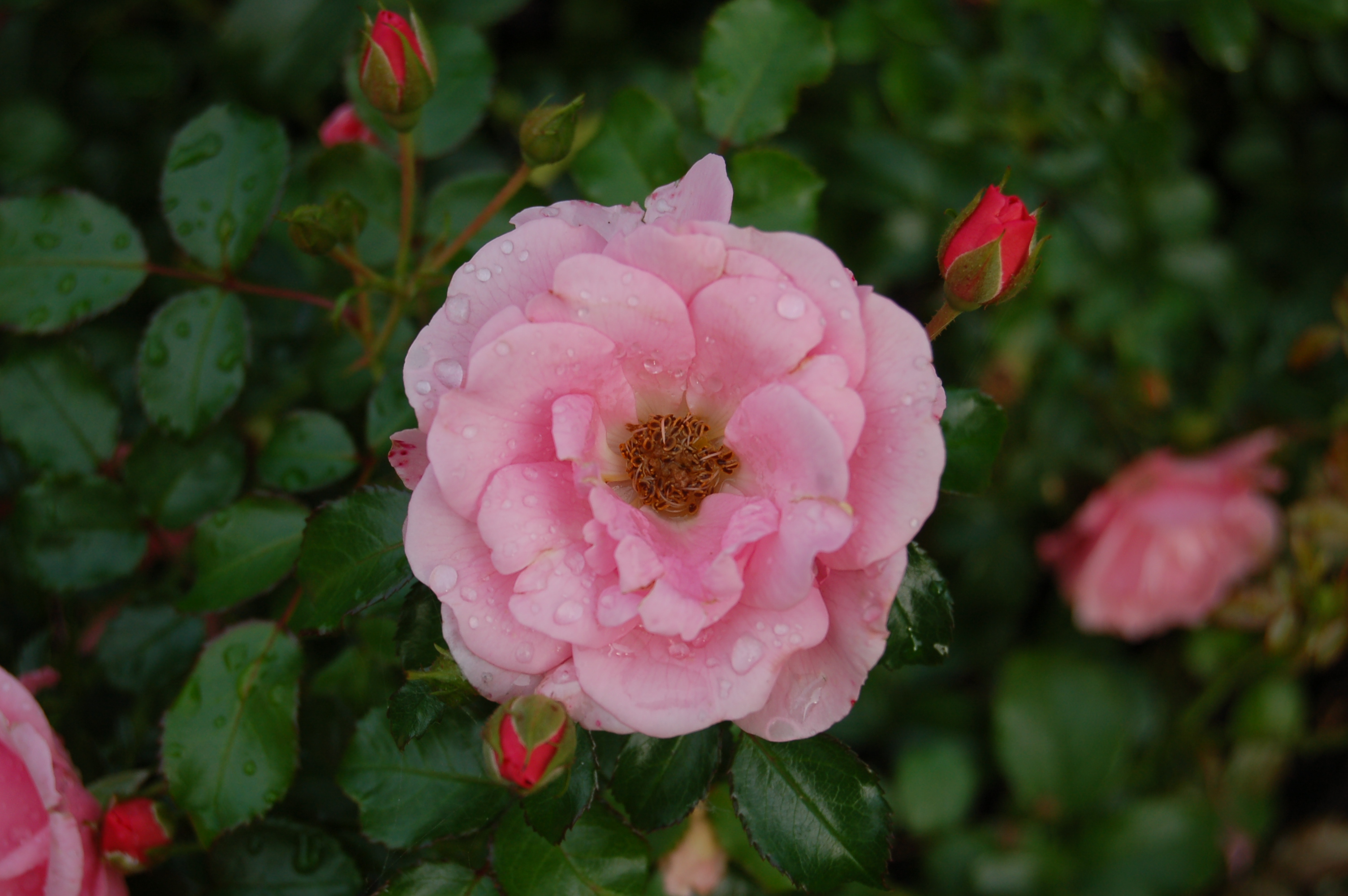
‘Sommermorgen’, Kordes, 1991
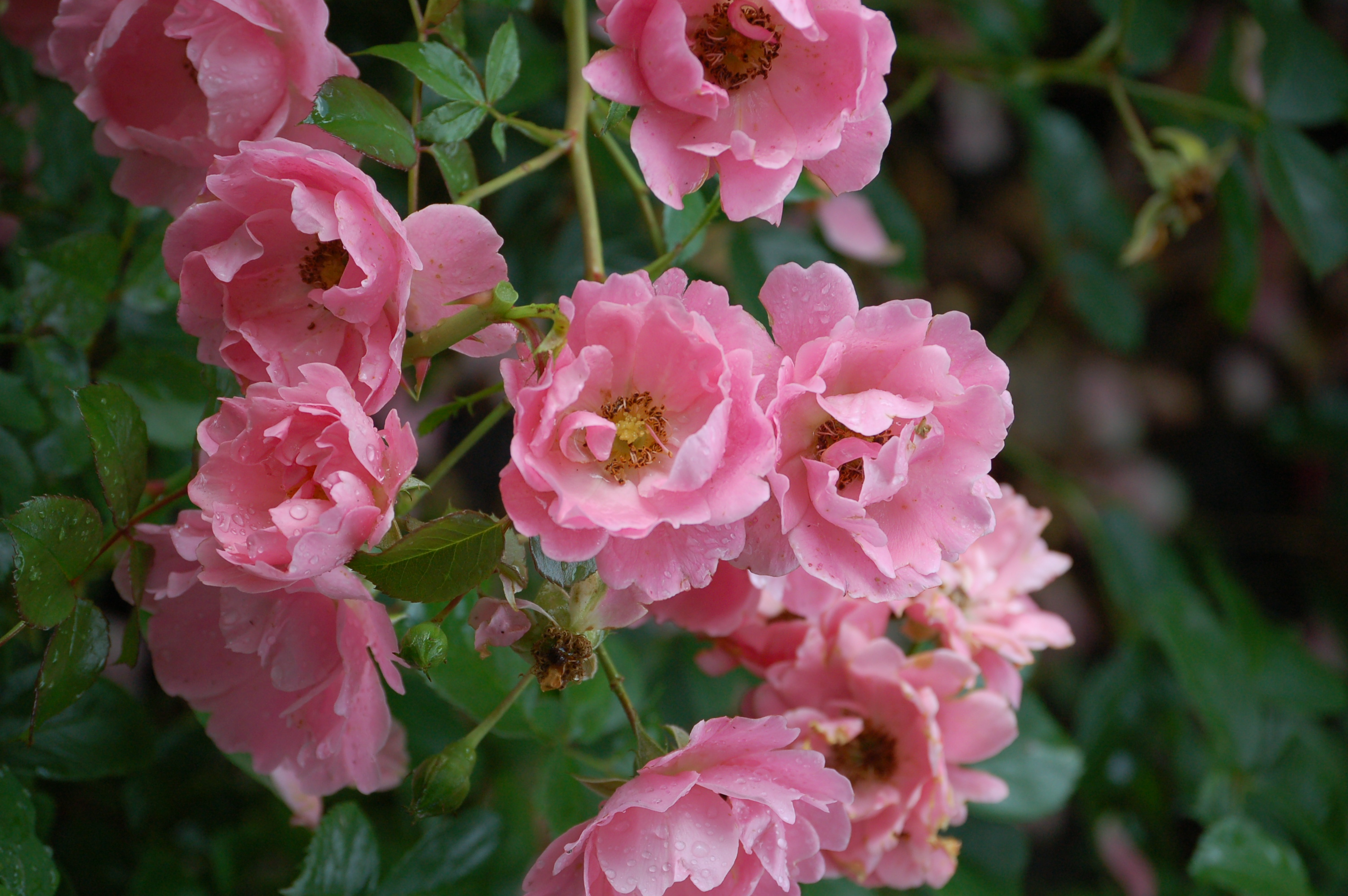
‘Sommerwind’, Kordes, 1985
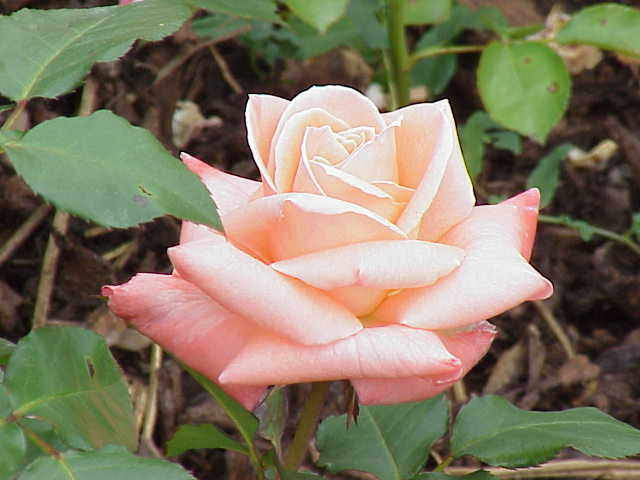
‘Sonia Meilland’, Meilland, 1970
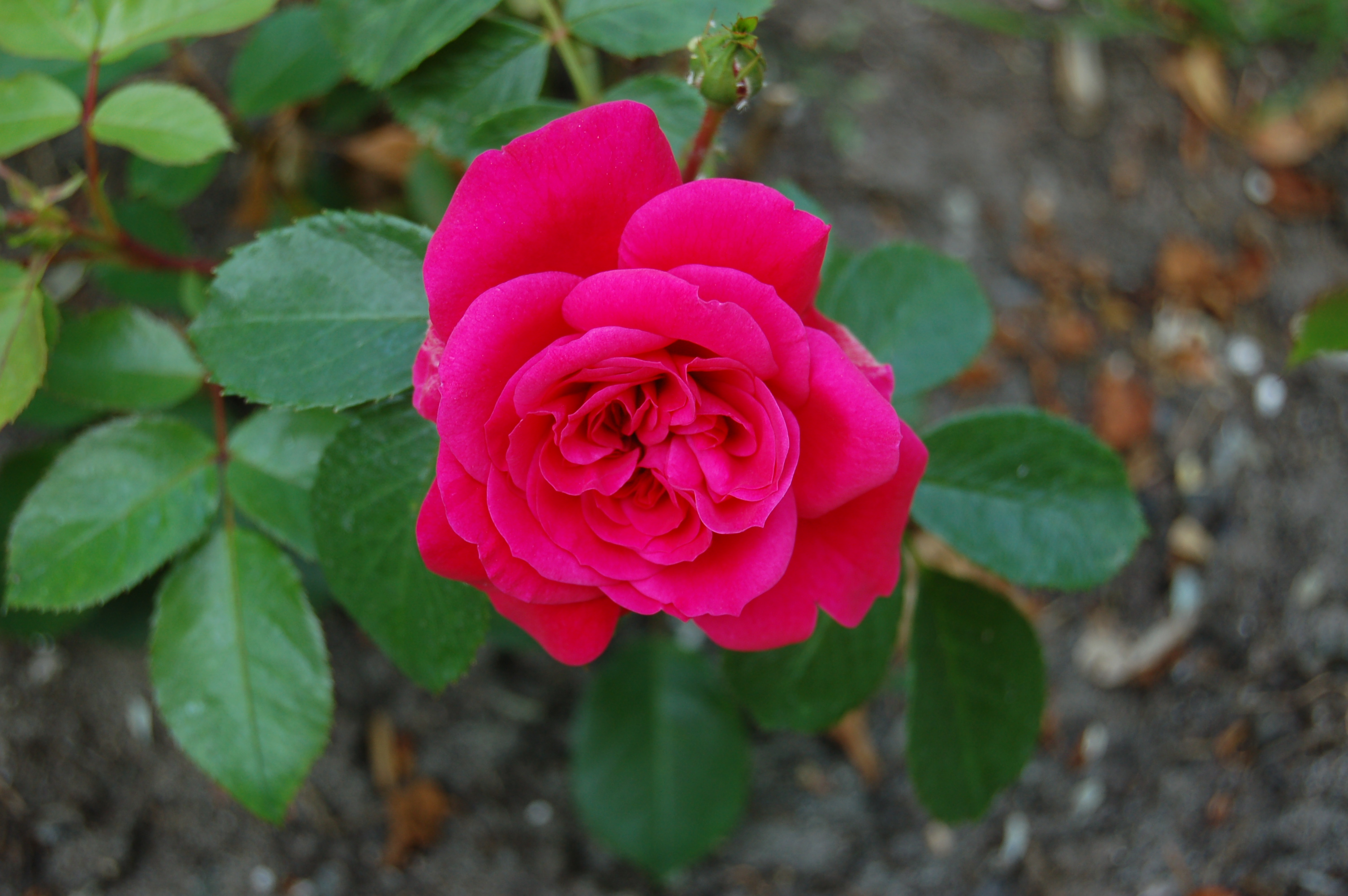
‘Sonja Meilove’, Meilland, 2000
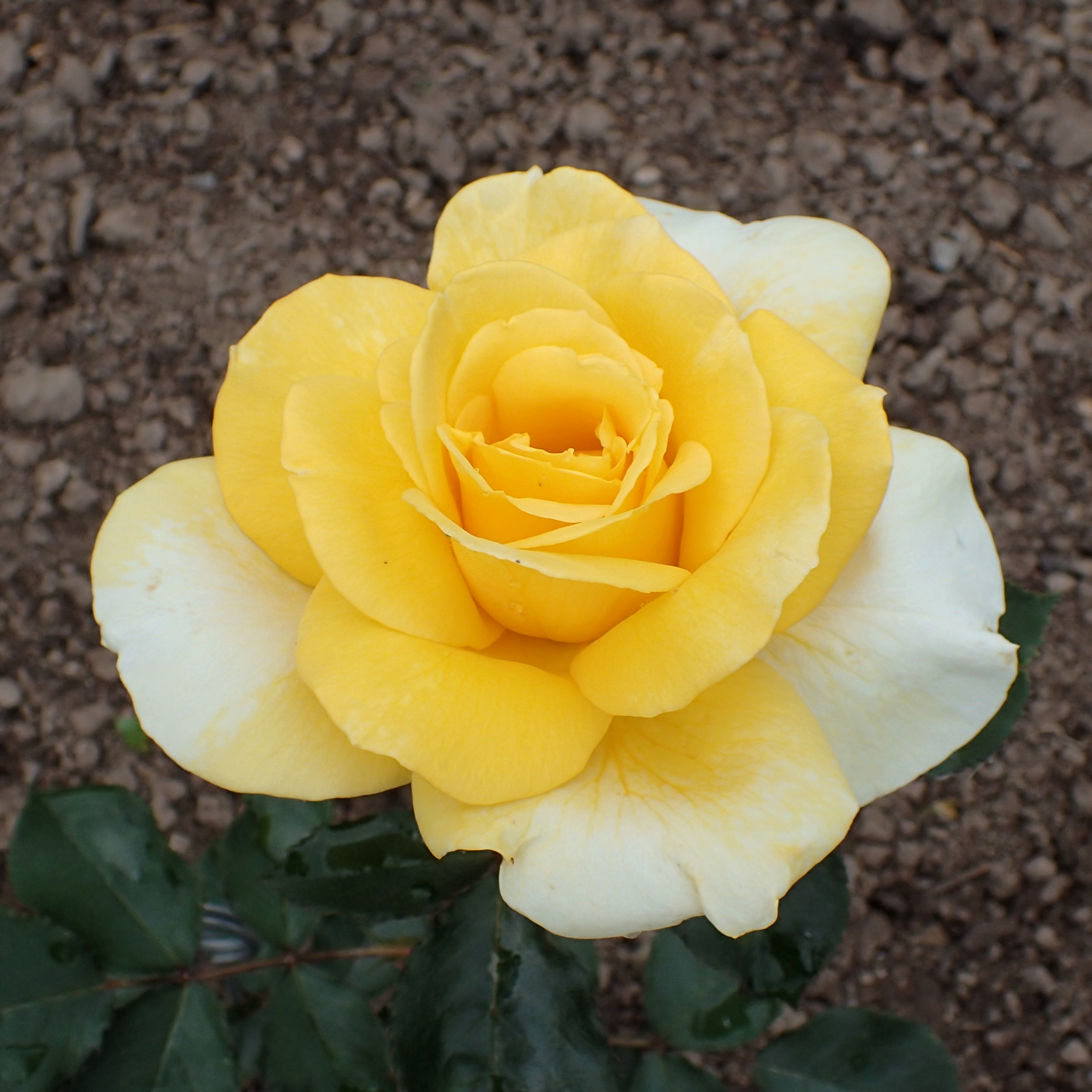
‘Sonnengold’, VEG (S) Baumschulen Dresden, 1982
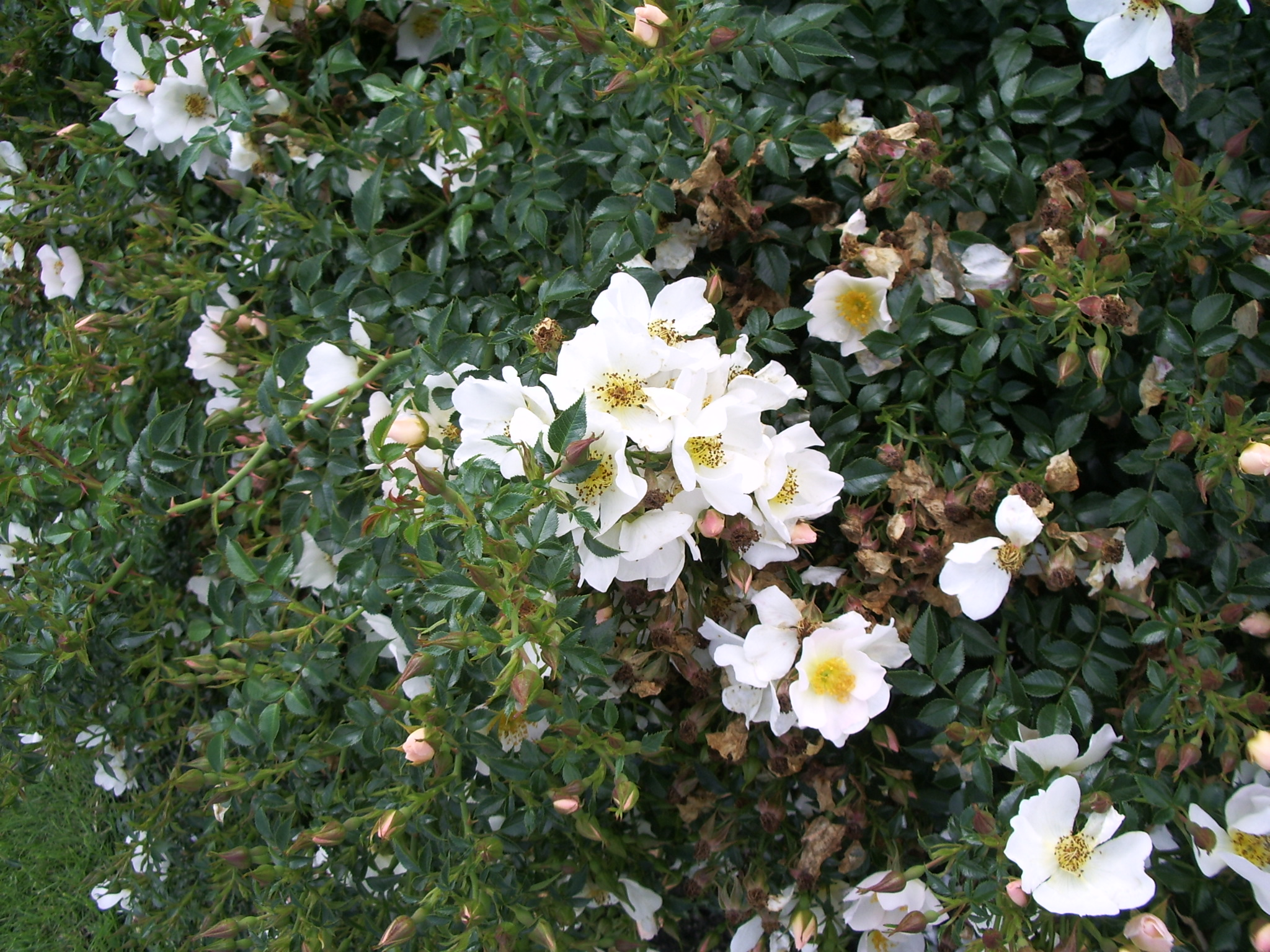
‘Sonnenröschen’, Kordes, 2005
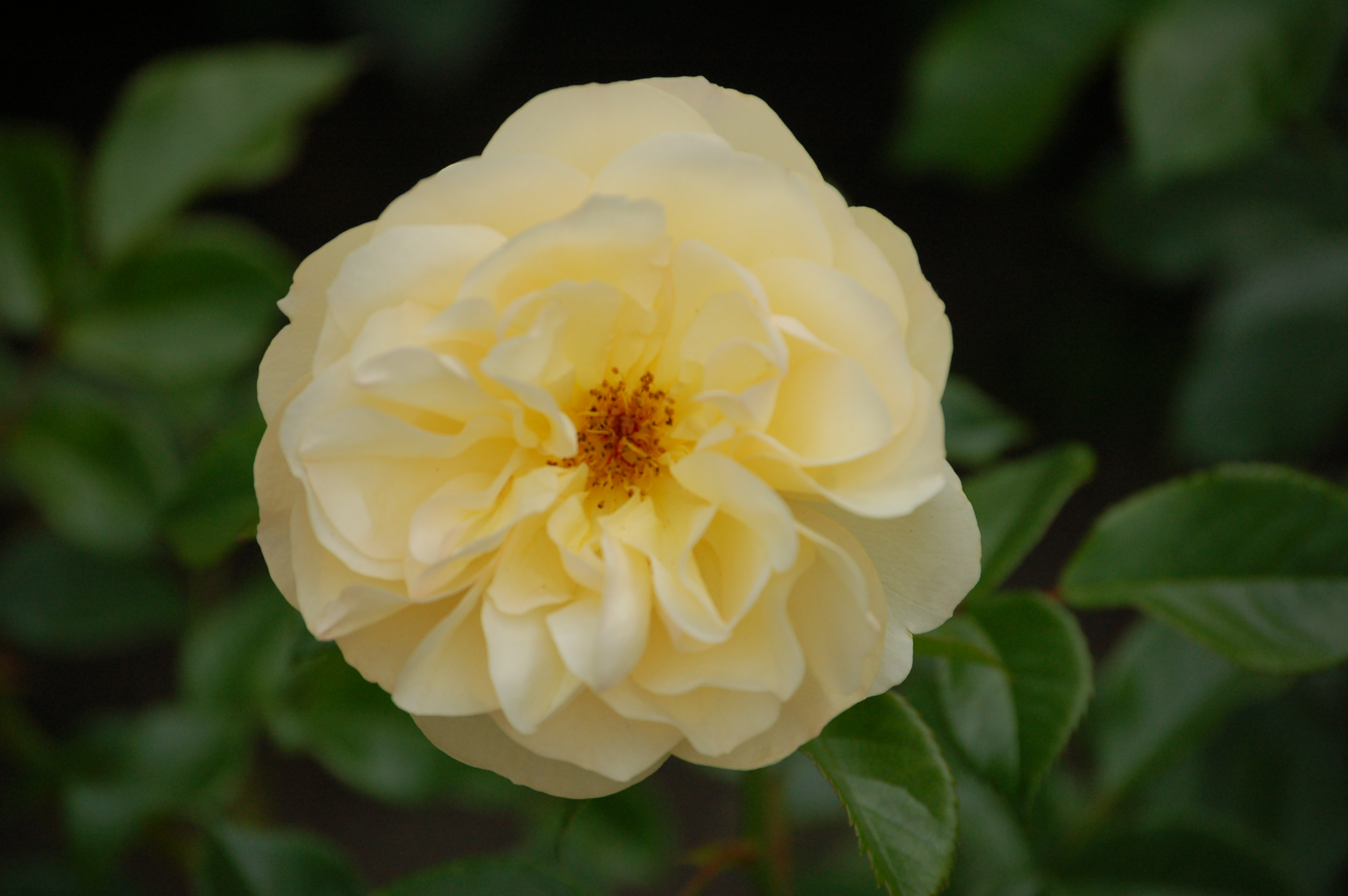
‘Sonnenschirm’, Tantau, 1993
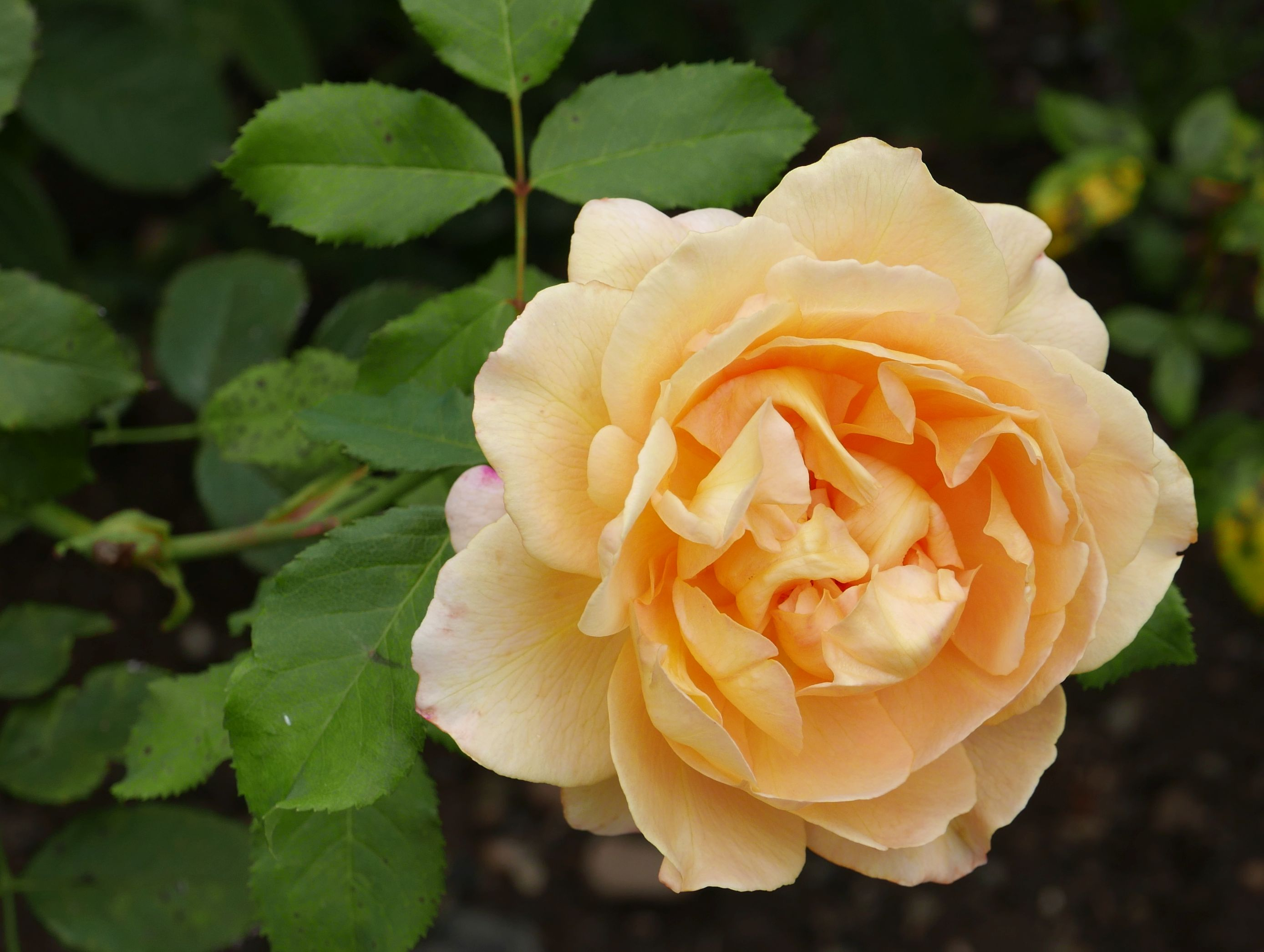
‘Sonnenwelt’, Kordes, 2012
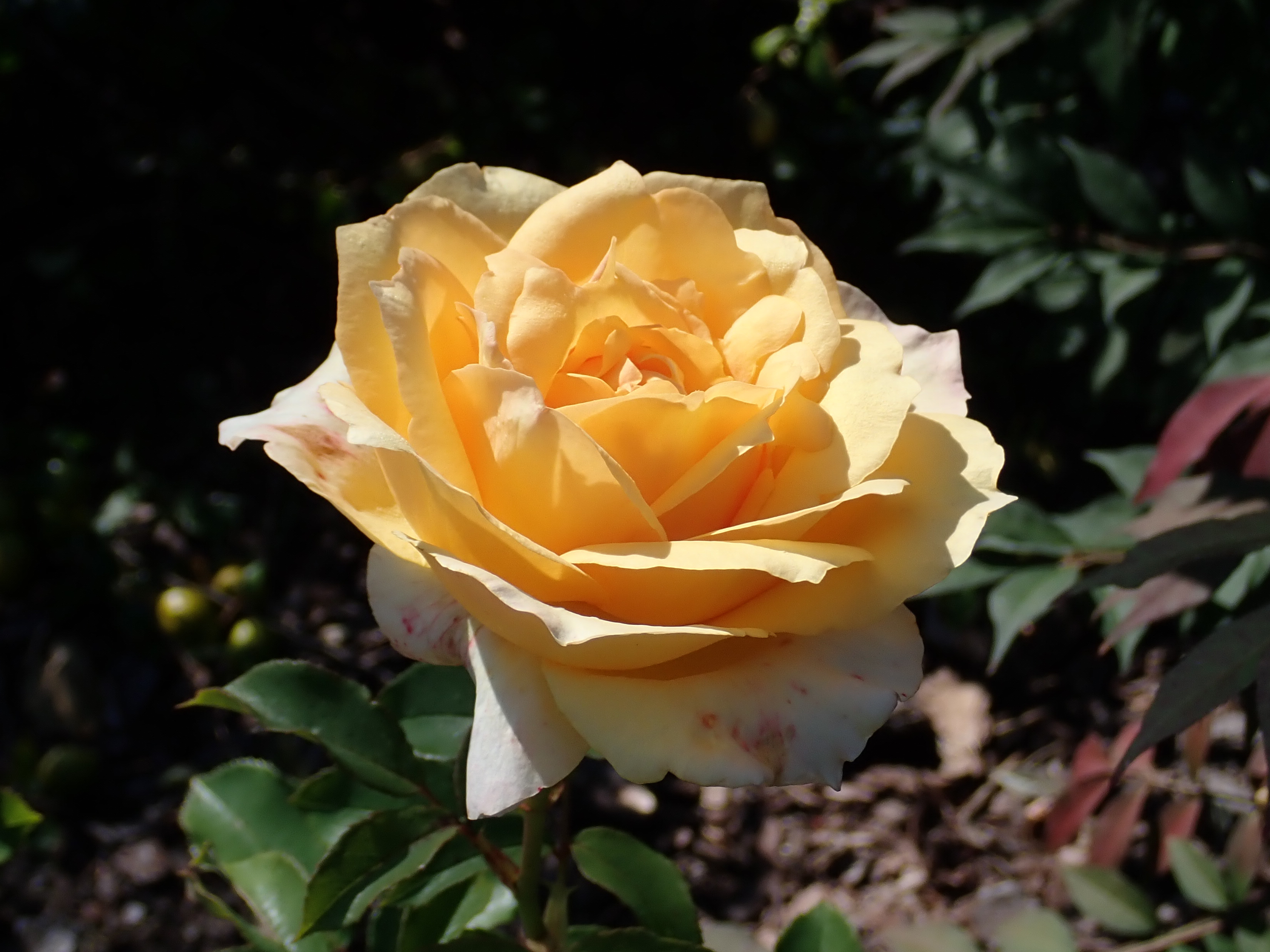
‘Sophia Renaissance’, Olesen/Poulsen, 1999
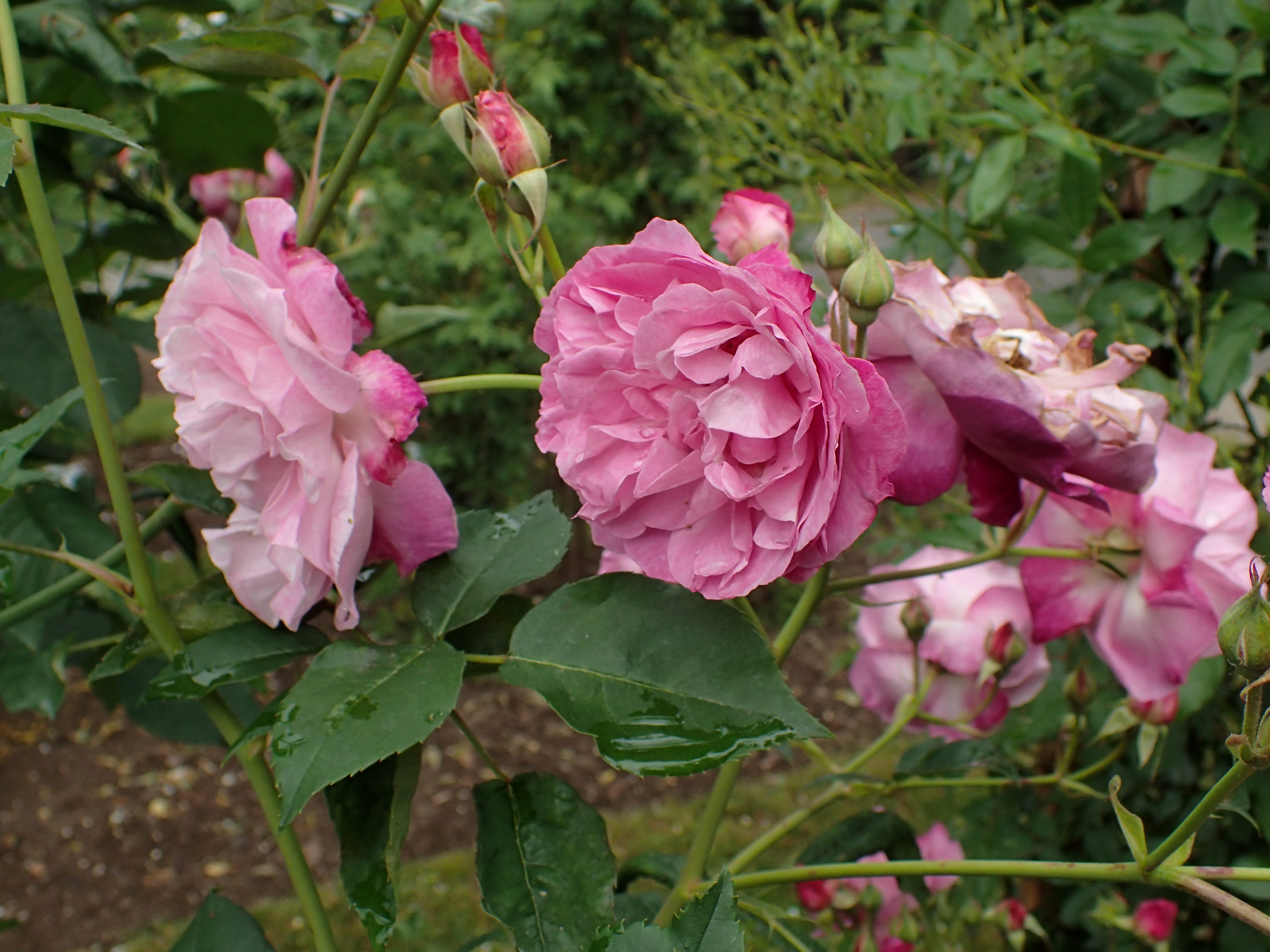
‘Sophie’s Perpetual’, ?, 1928
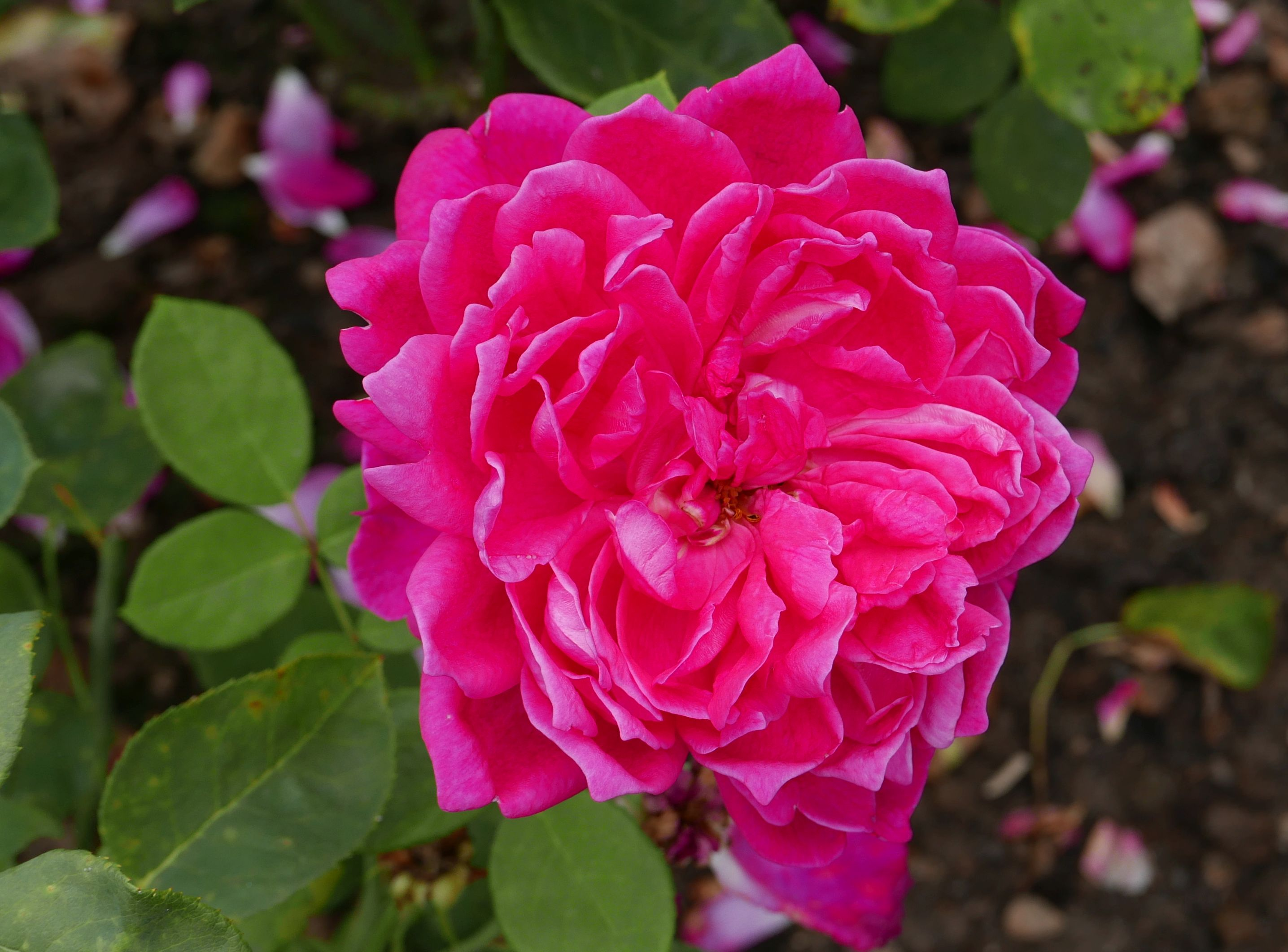
‘Sophy’s Rose’, Austin, 1997
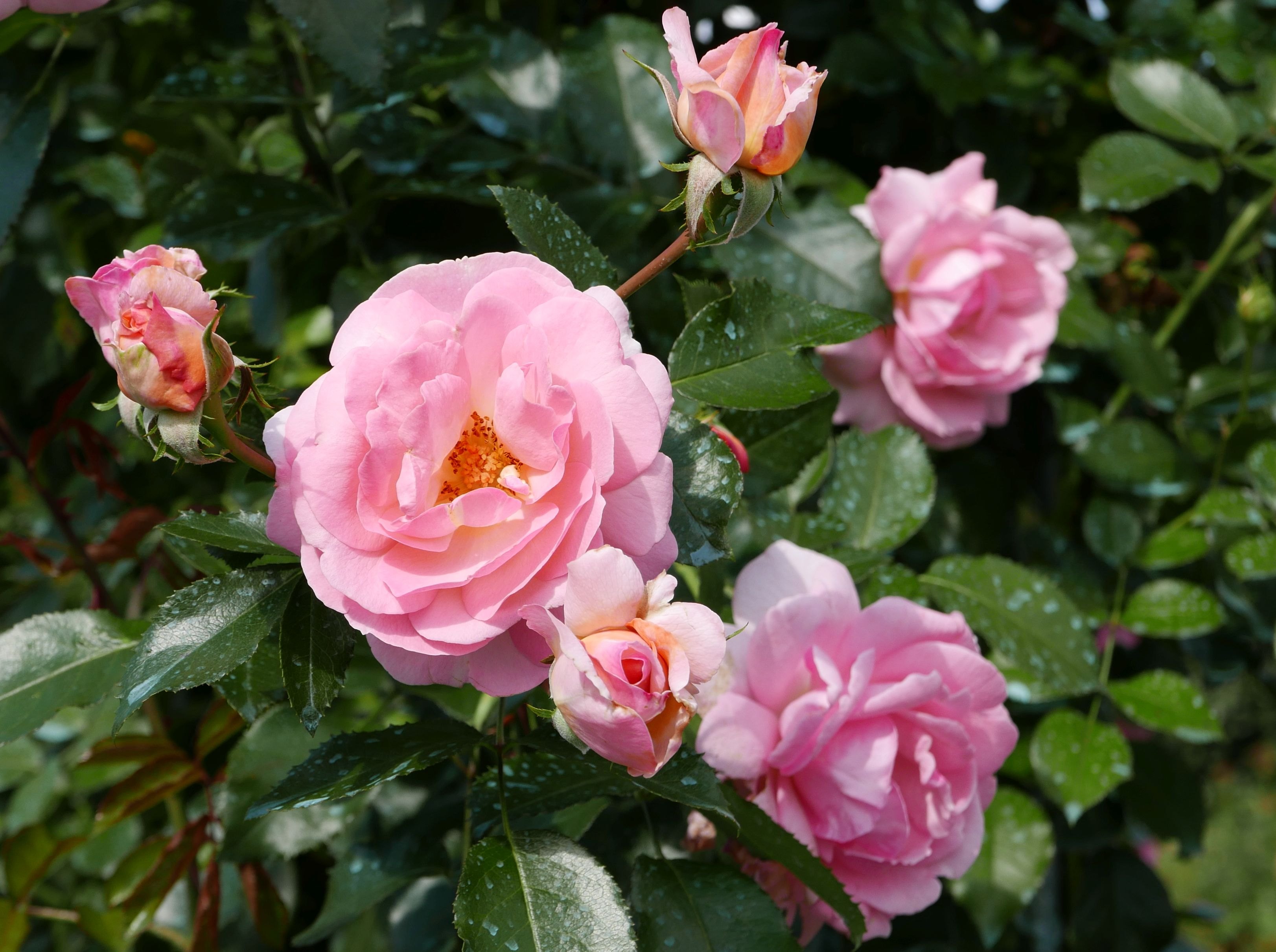
‘Sorbet’, Meilland, 1993
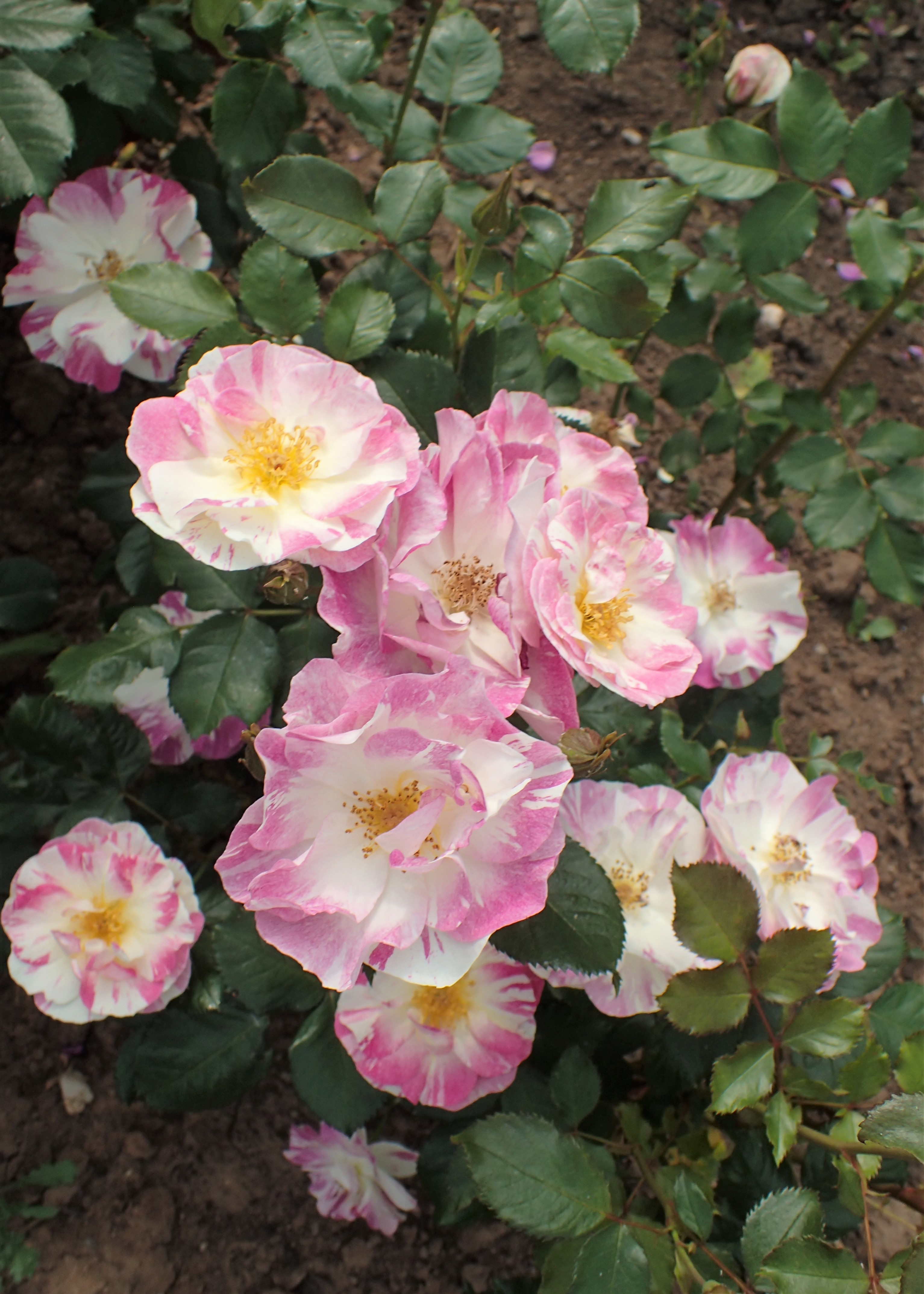
‘Sorbet Framboise’, Delbard, 1994
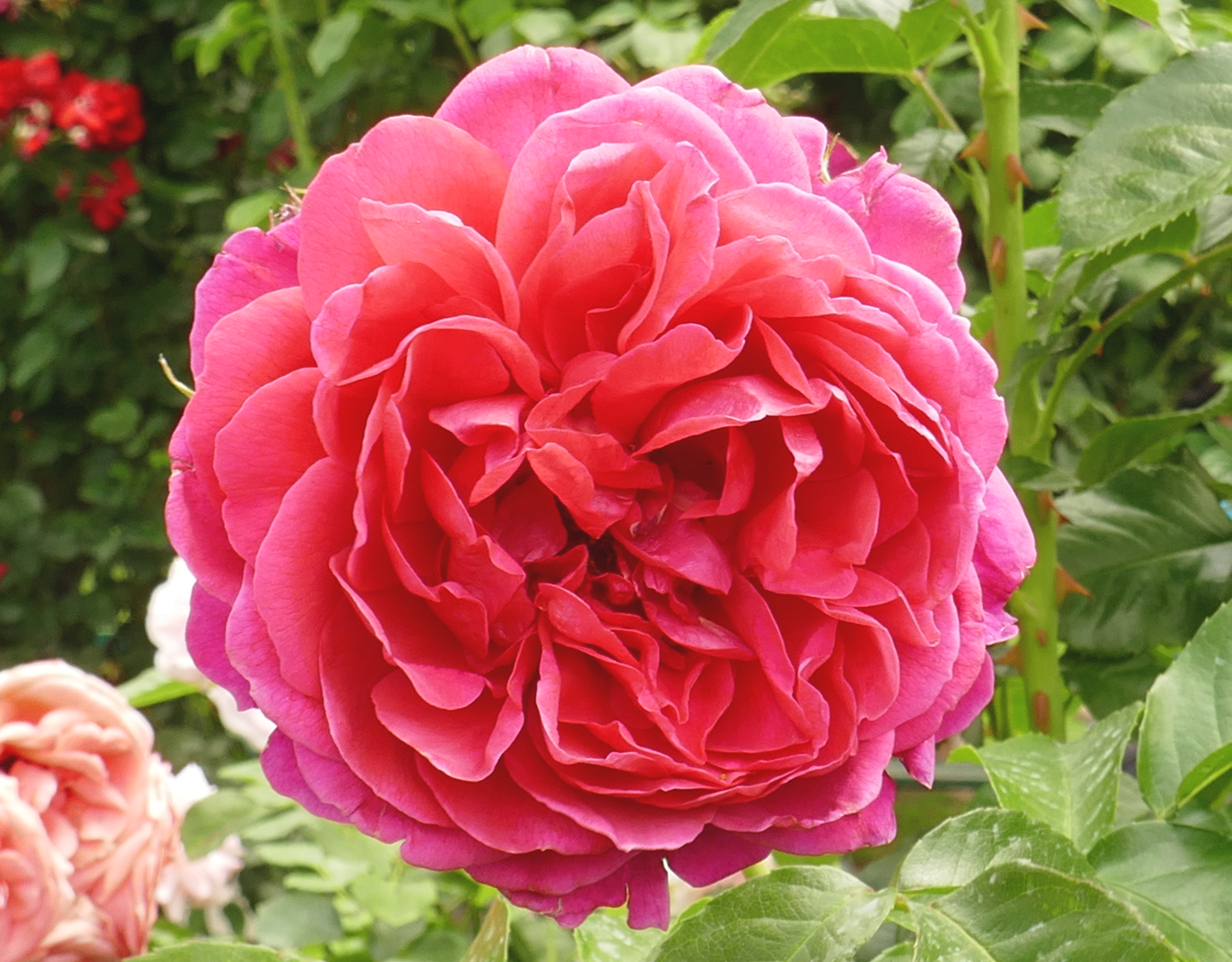
‘Soul’, Tantau, 2014
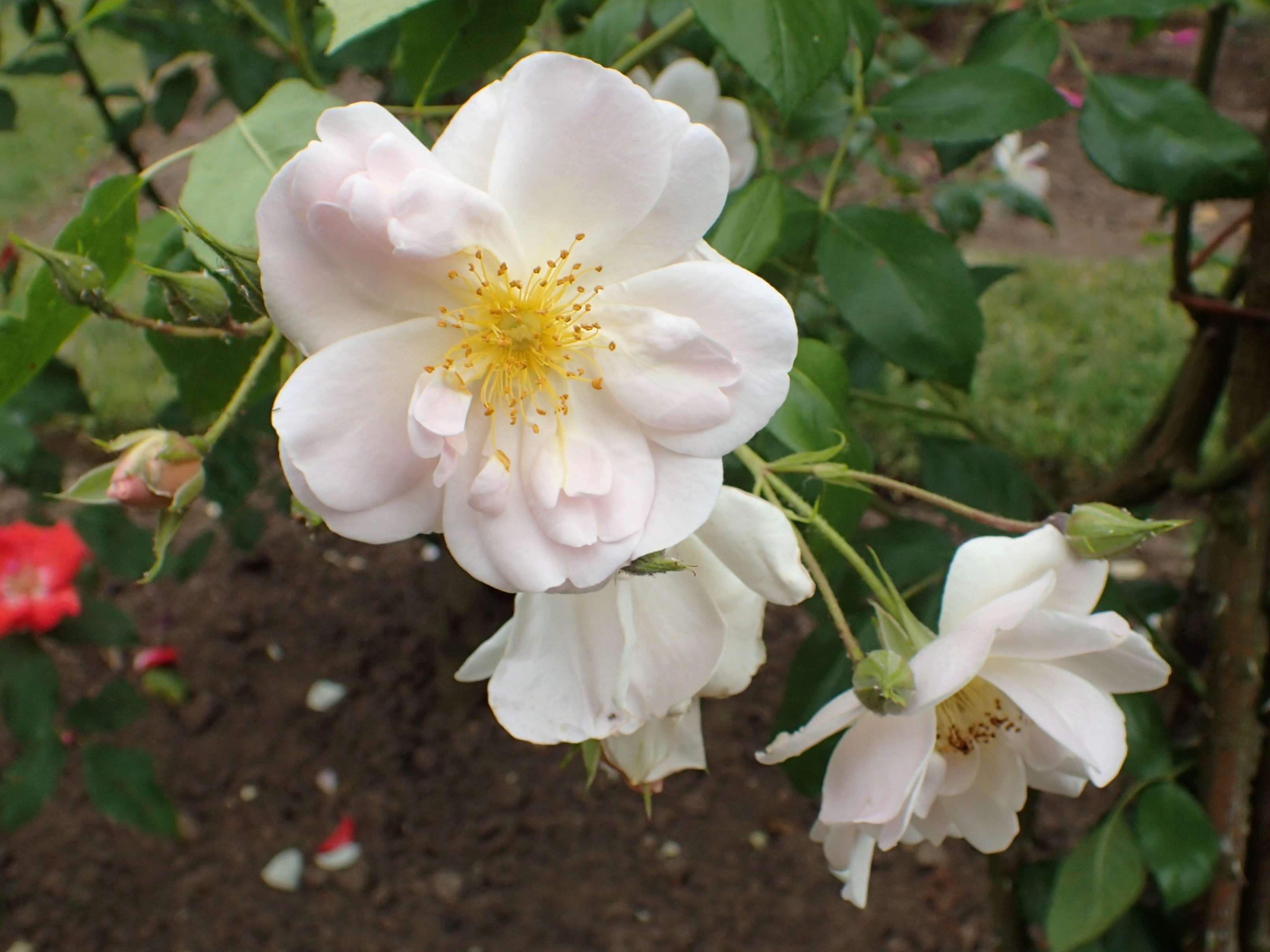
‘Sourire d’Orchidée’, Paul Croix, 1985
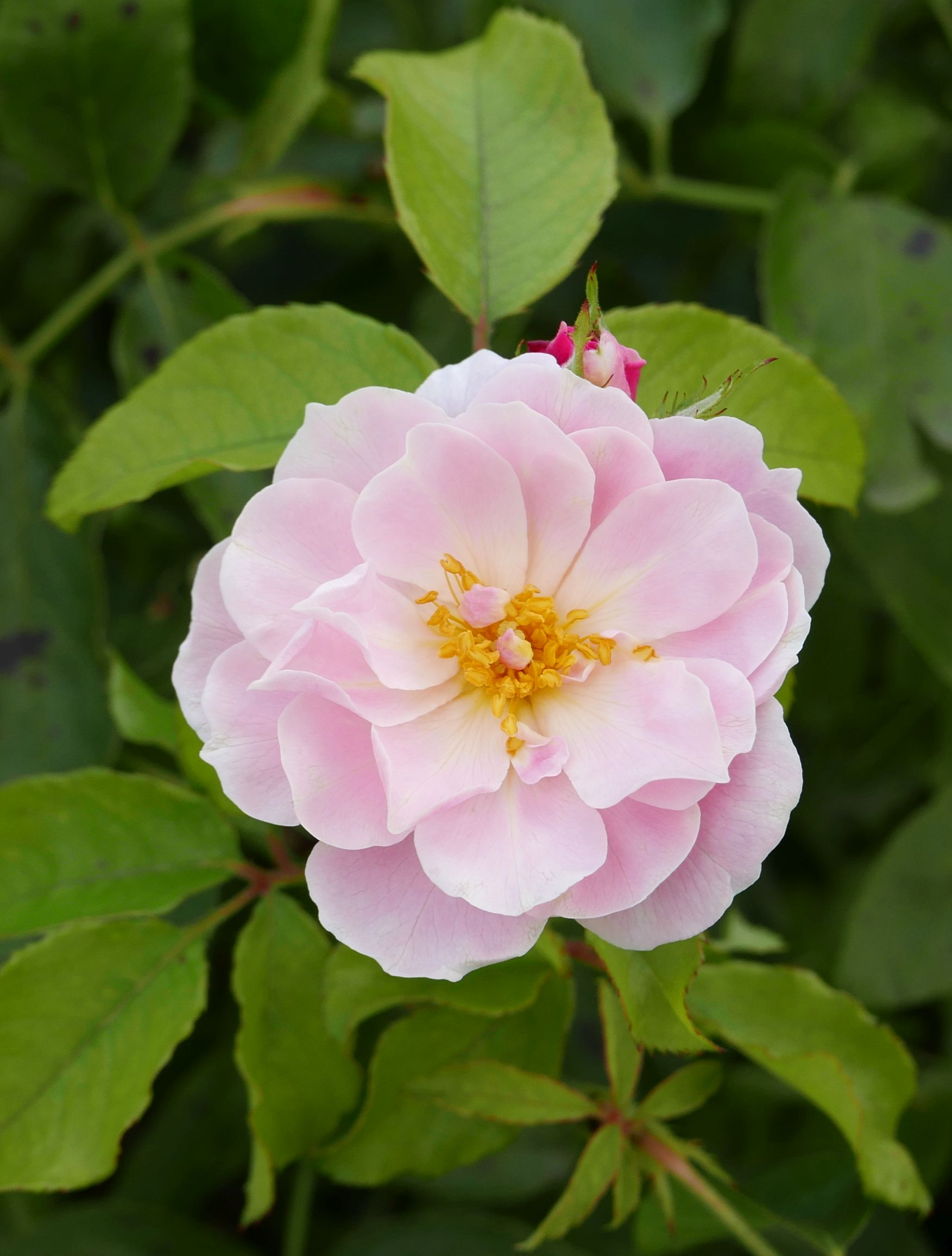
‘Sourire Rose’, Lens, 1996
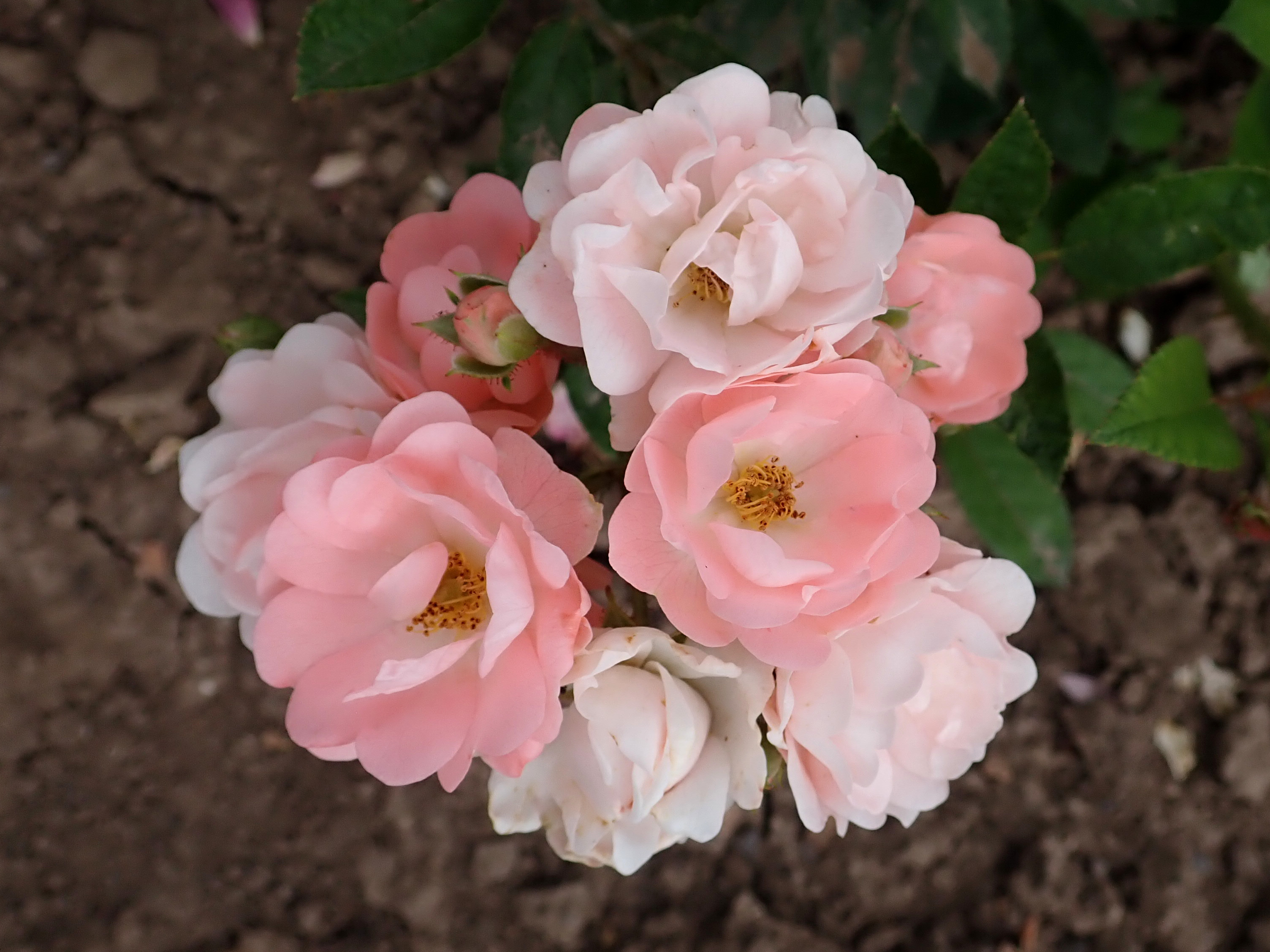
‘Souvenir d’Adolphe Turc’, Turc, 1924
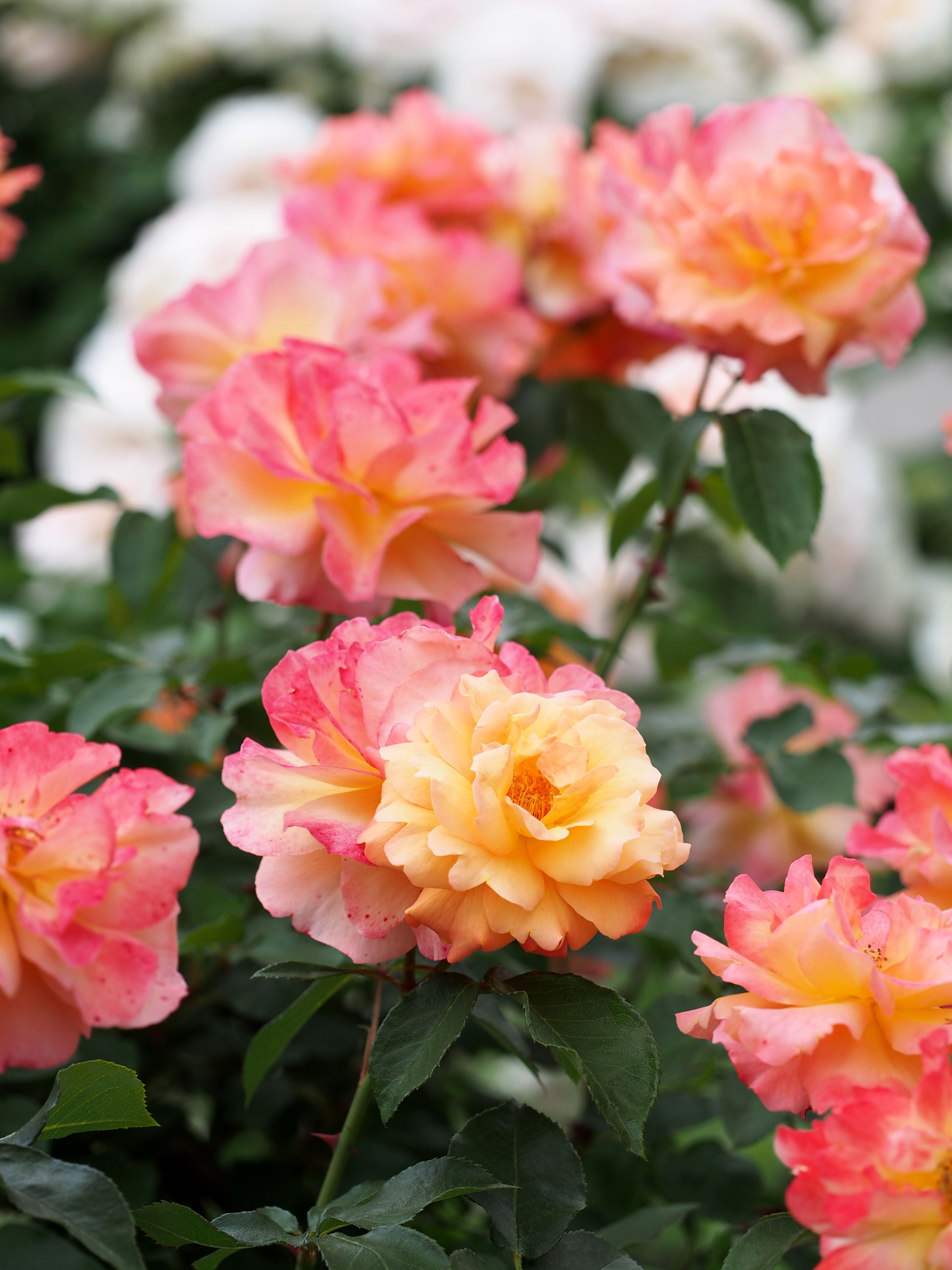
‘Souvenir d’ Anne Frank’, Hippolyte Delforge, 1960
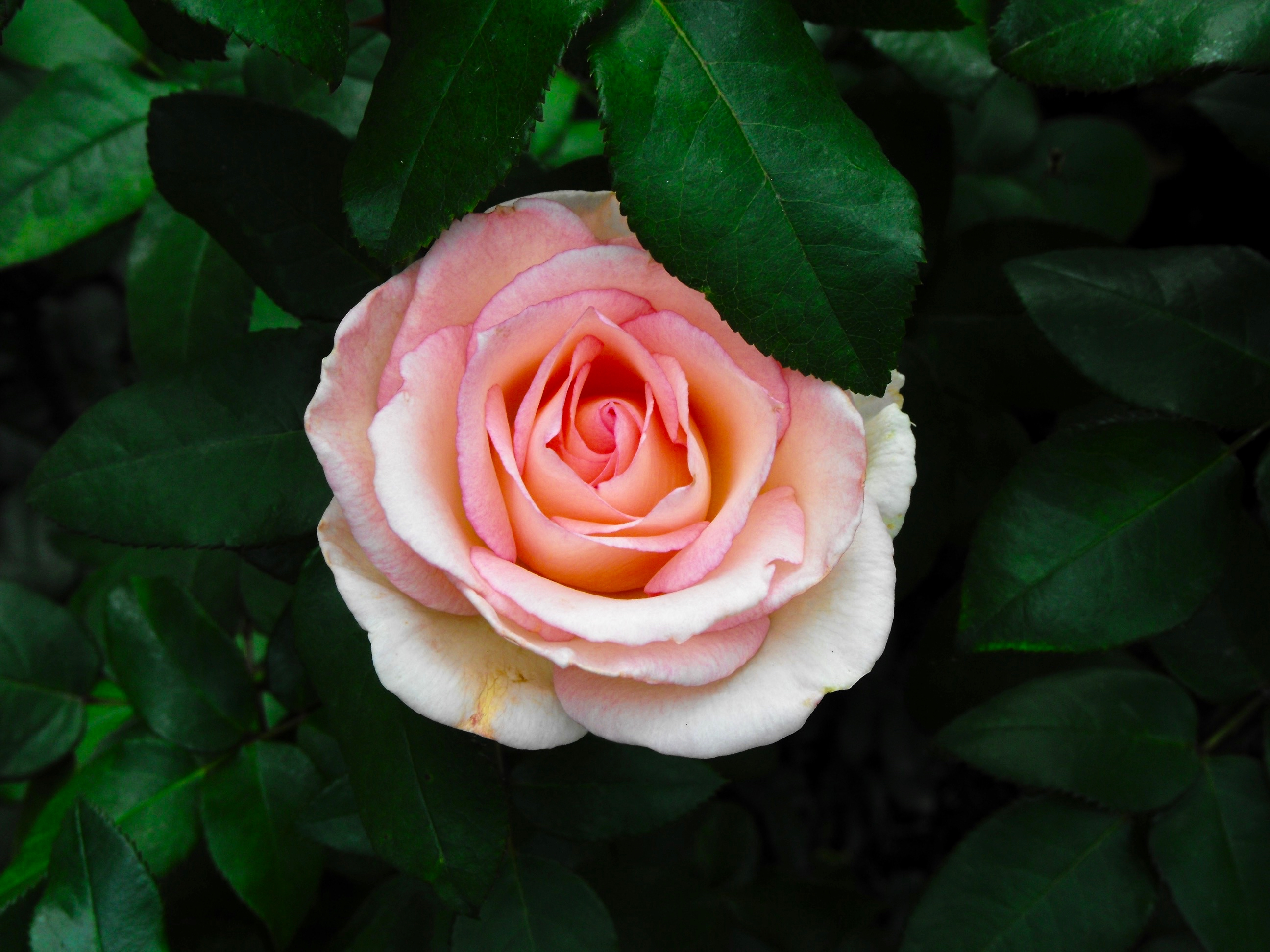
‘Souvenir de Baden-Baden’, Kordes, 2008
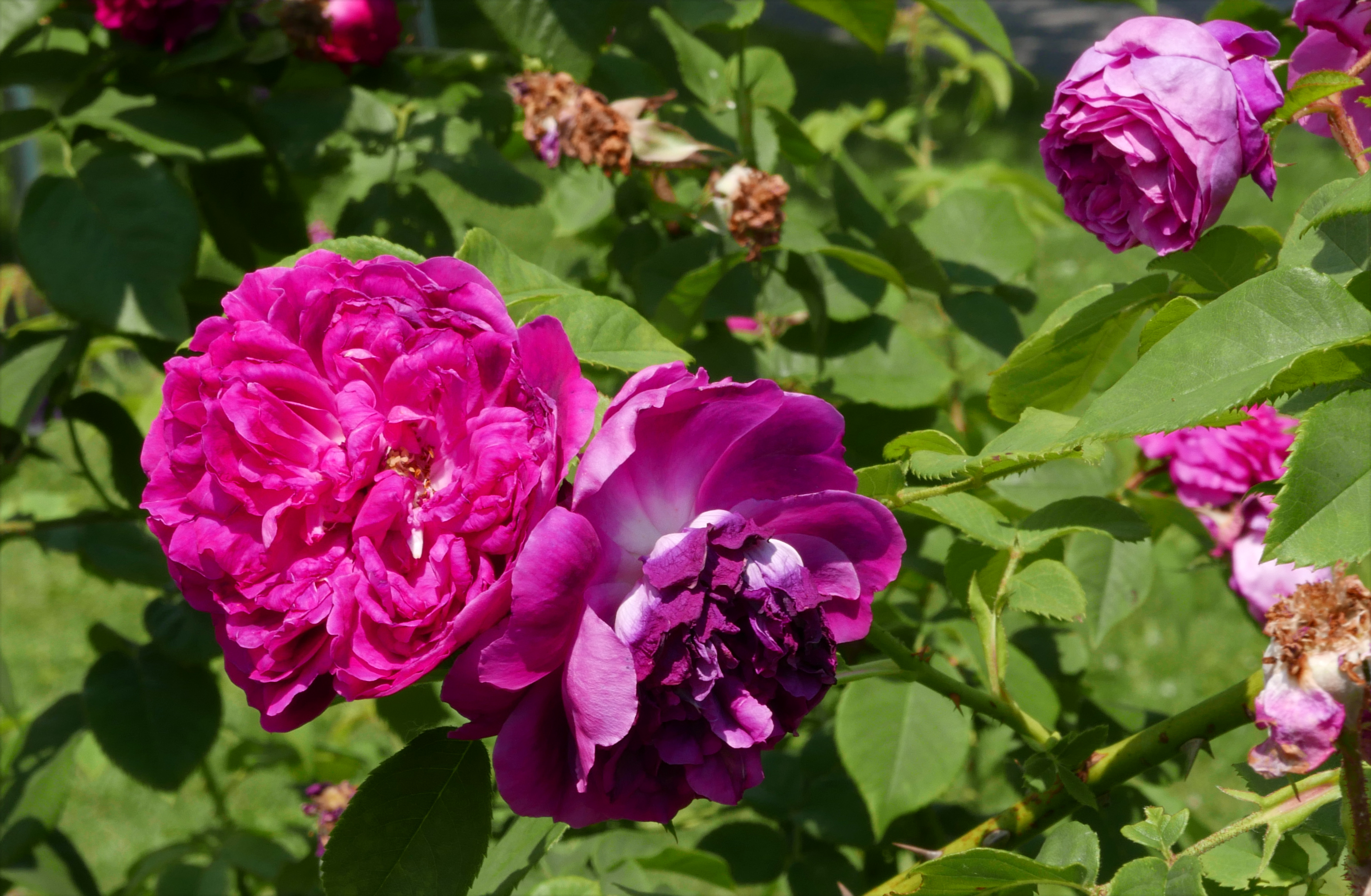
‘Souvenir de Brod’, Geschwind, 1886
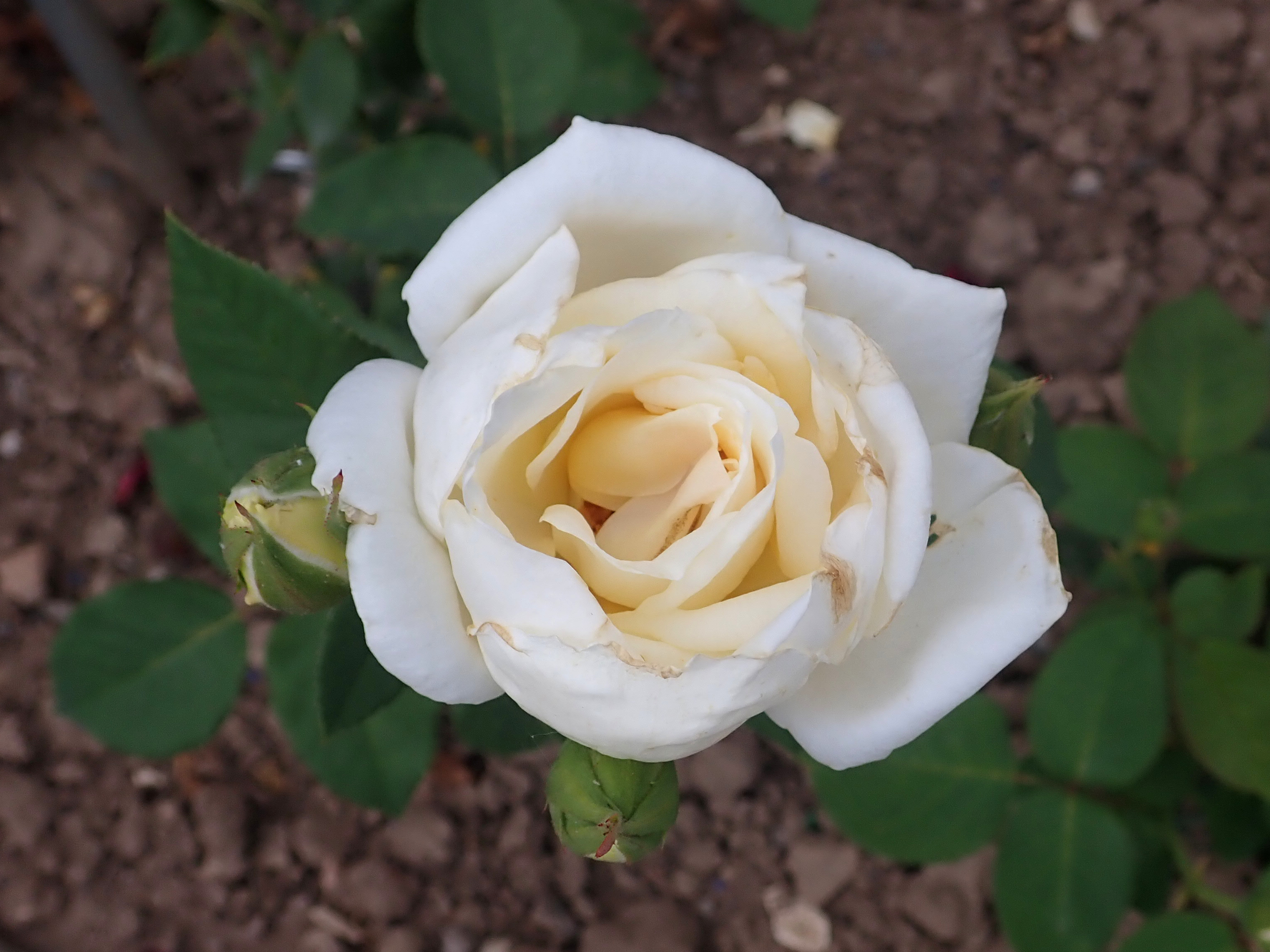
‘Souvenir de Gustave Prat’, Pernet-Ducher, 1910
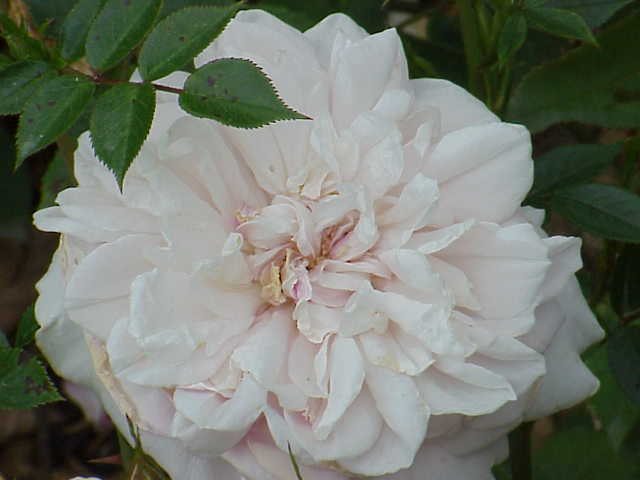
‘Souvenir de la Malmaison’, Jean Béluze, 1843
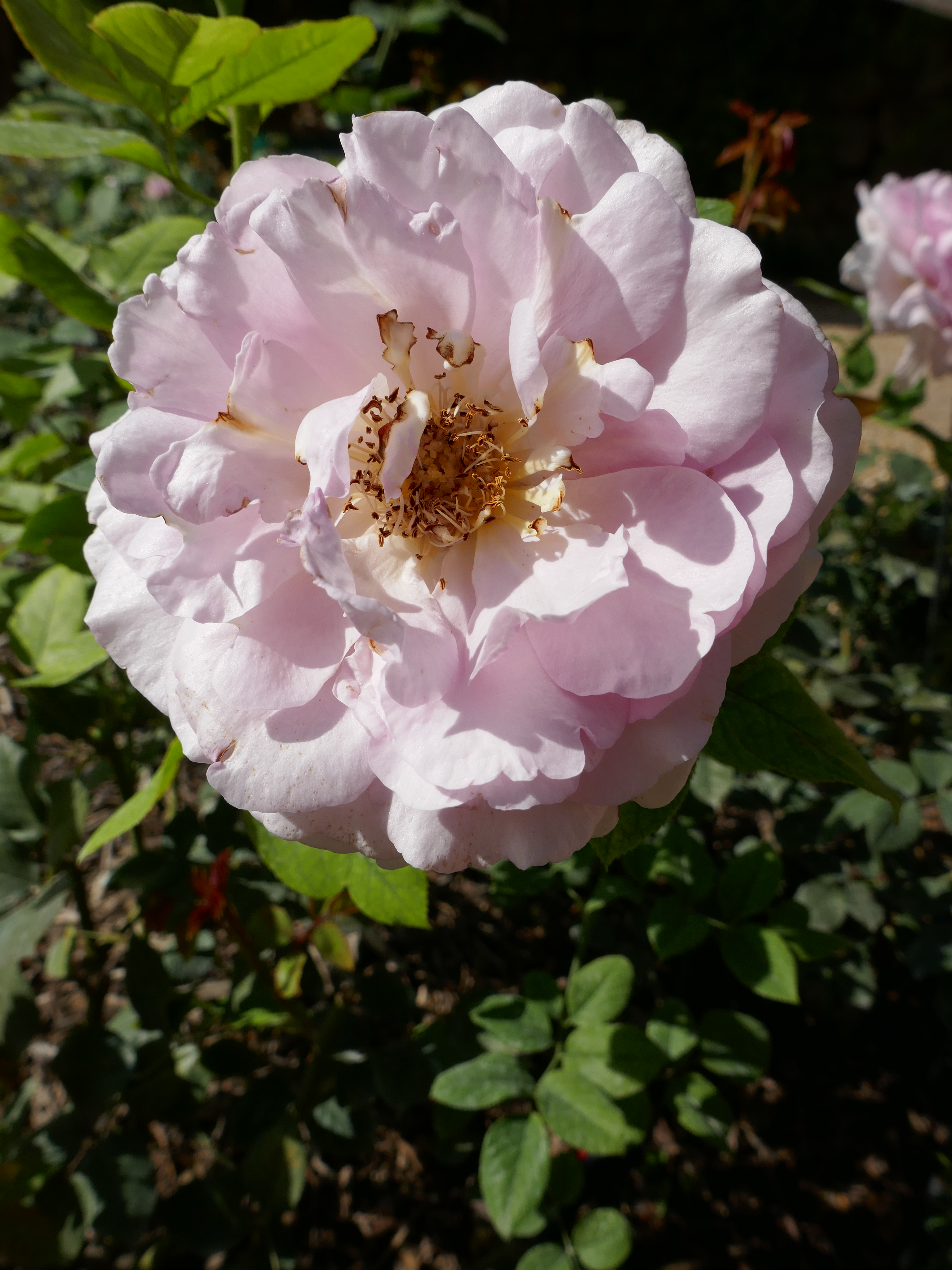
‘Souvenir de Louis Amade’, Delbard, 1998
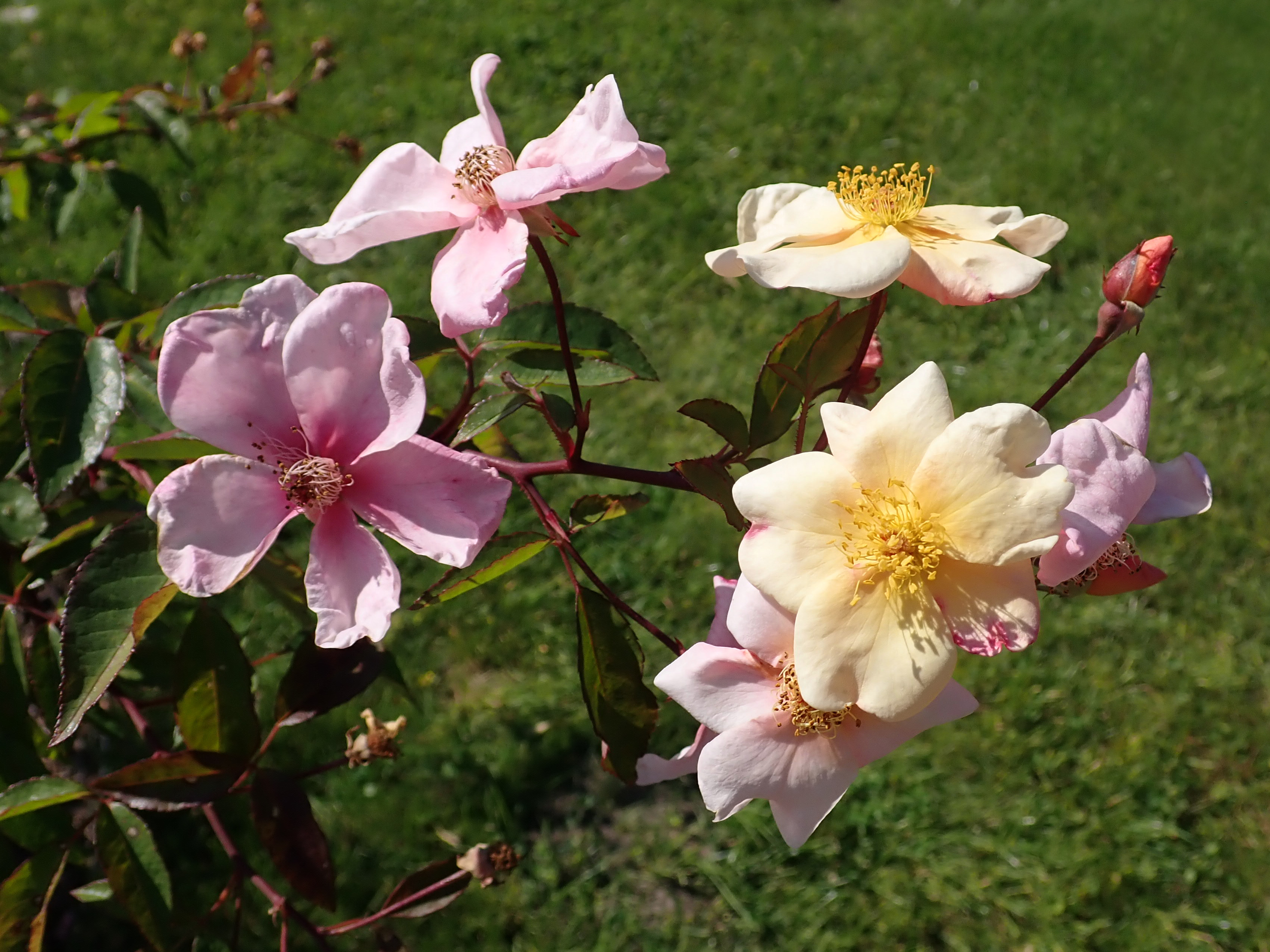
‘Souvenir de Louis Lens’, Louis Lens, 2011
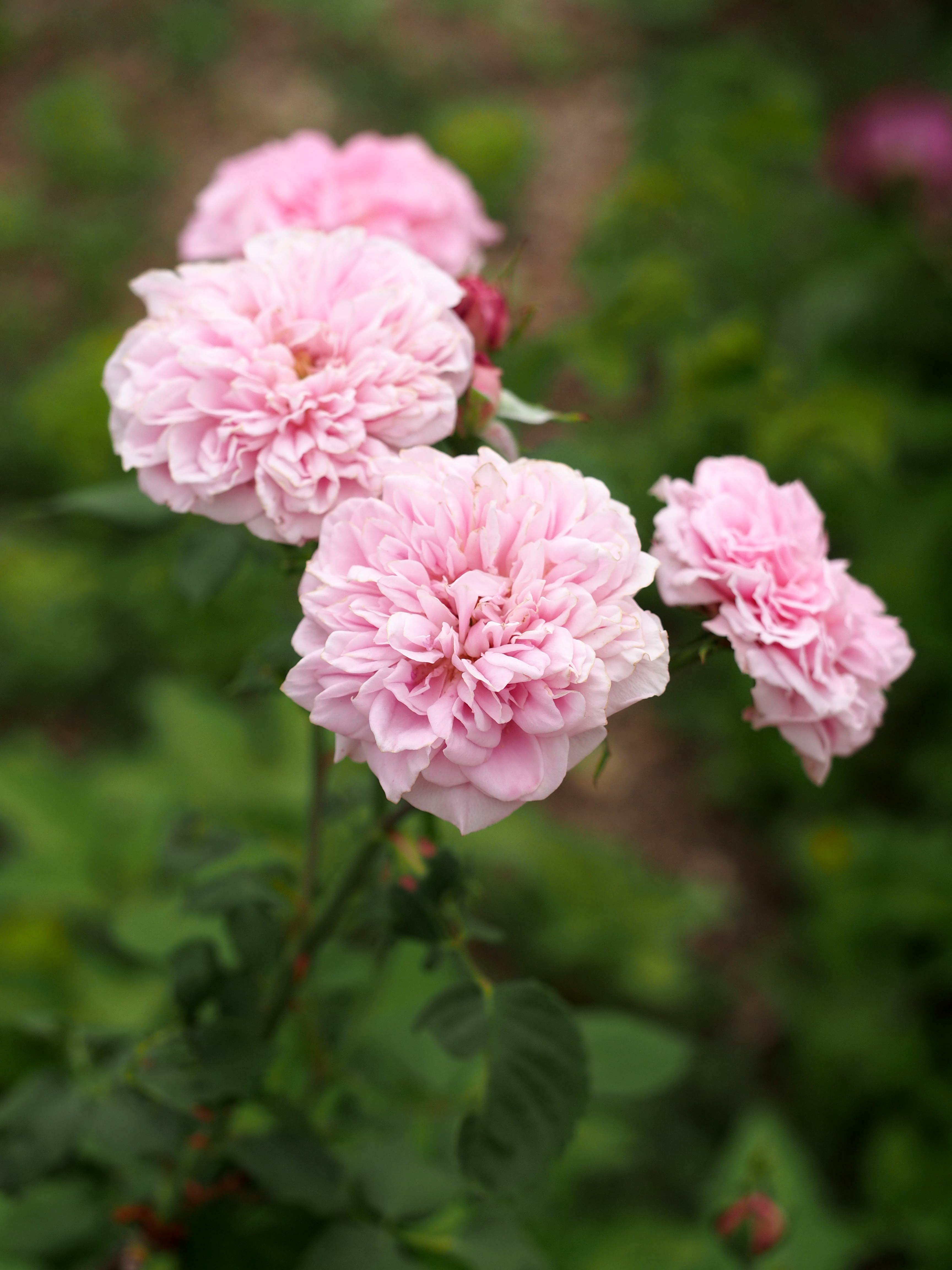
‘Souvenir de Madame Auguste Charles’, Moreau-Robert, 1866
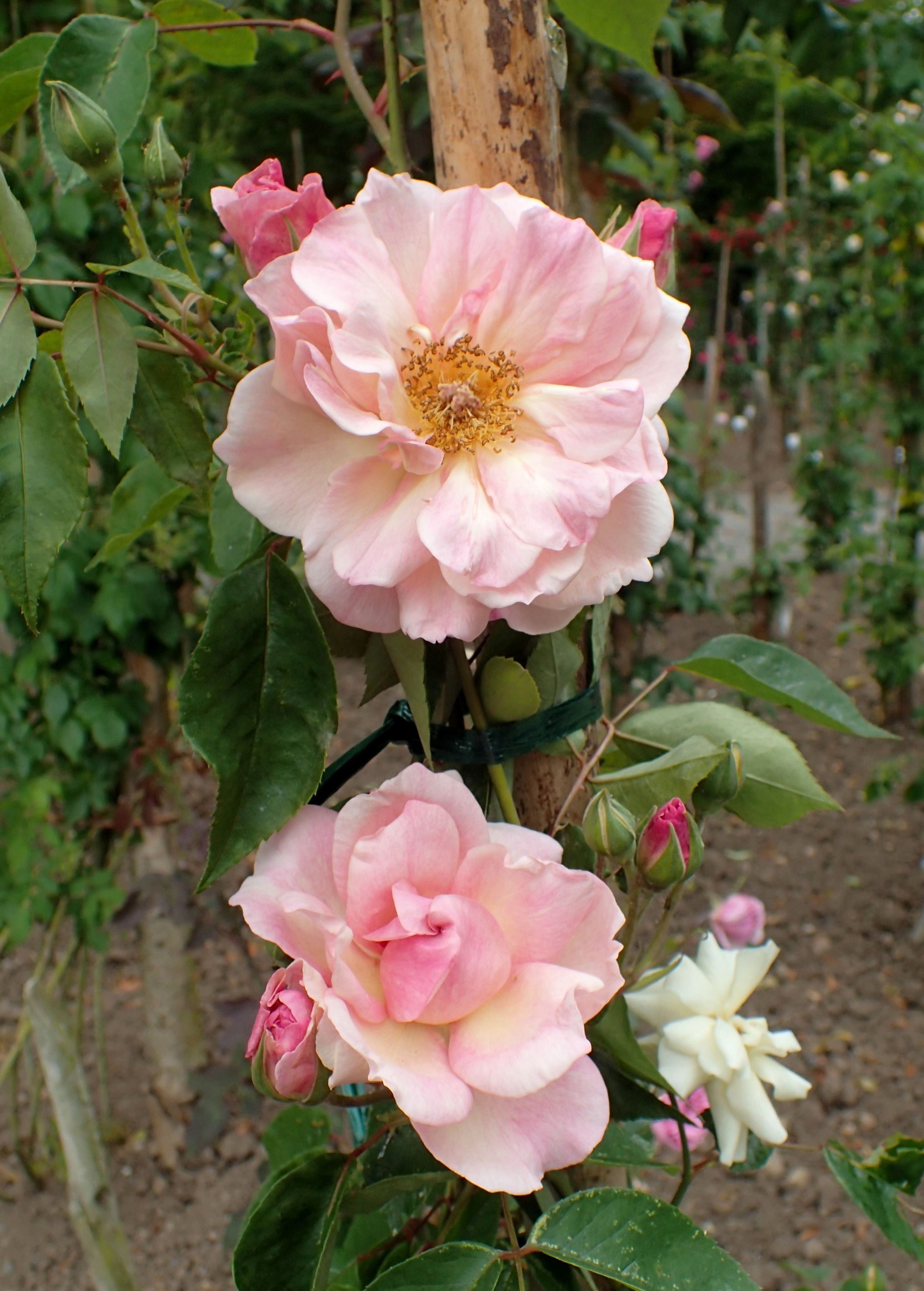
‘Souvenir de Mme Ladvocat’, Veysset, 1899
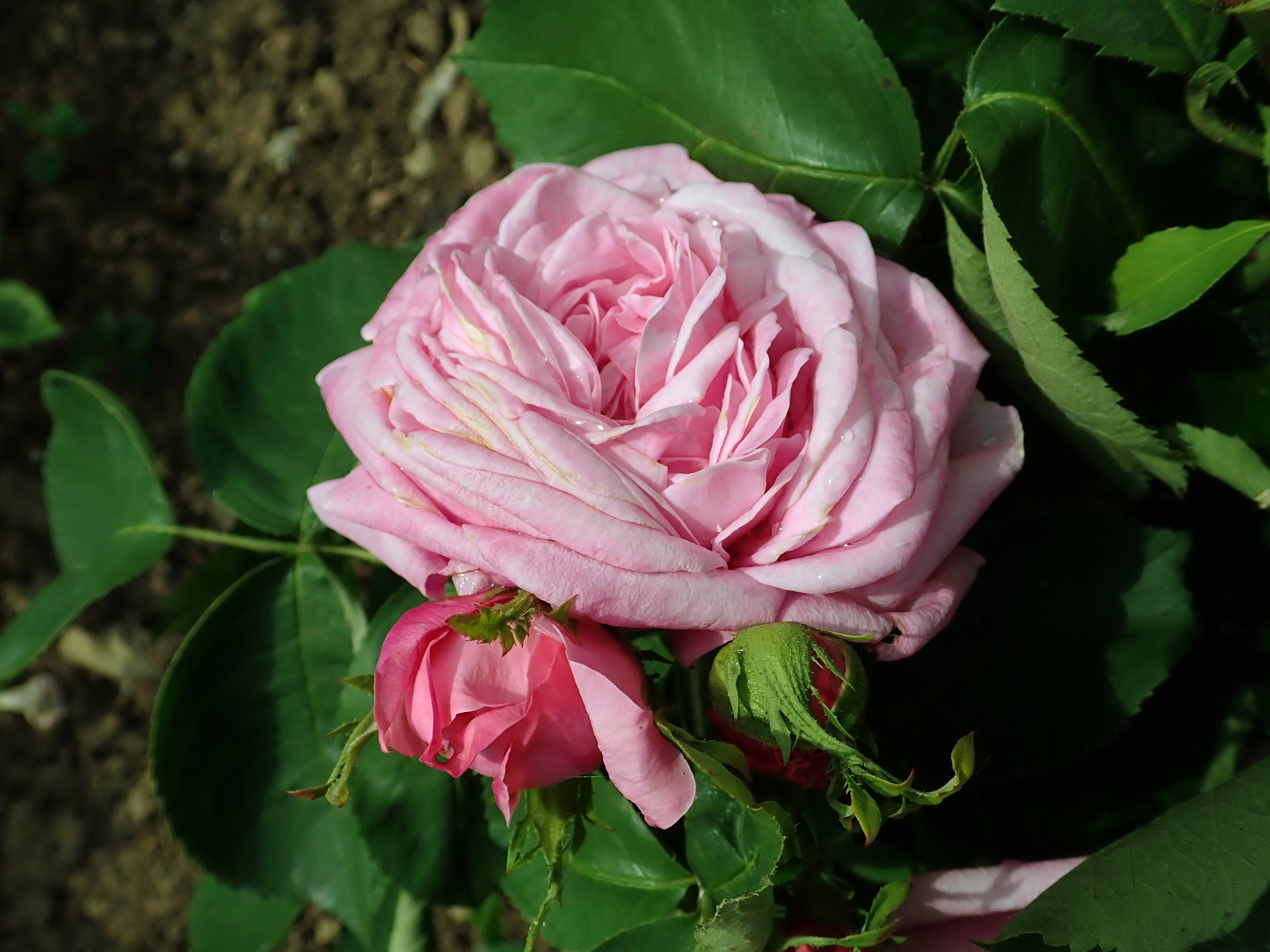
‘Souvenir de Mme Robert’, Moreau-Robert, 1878
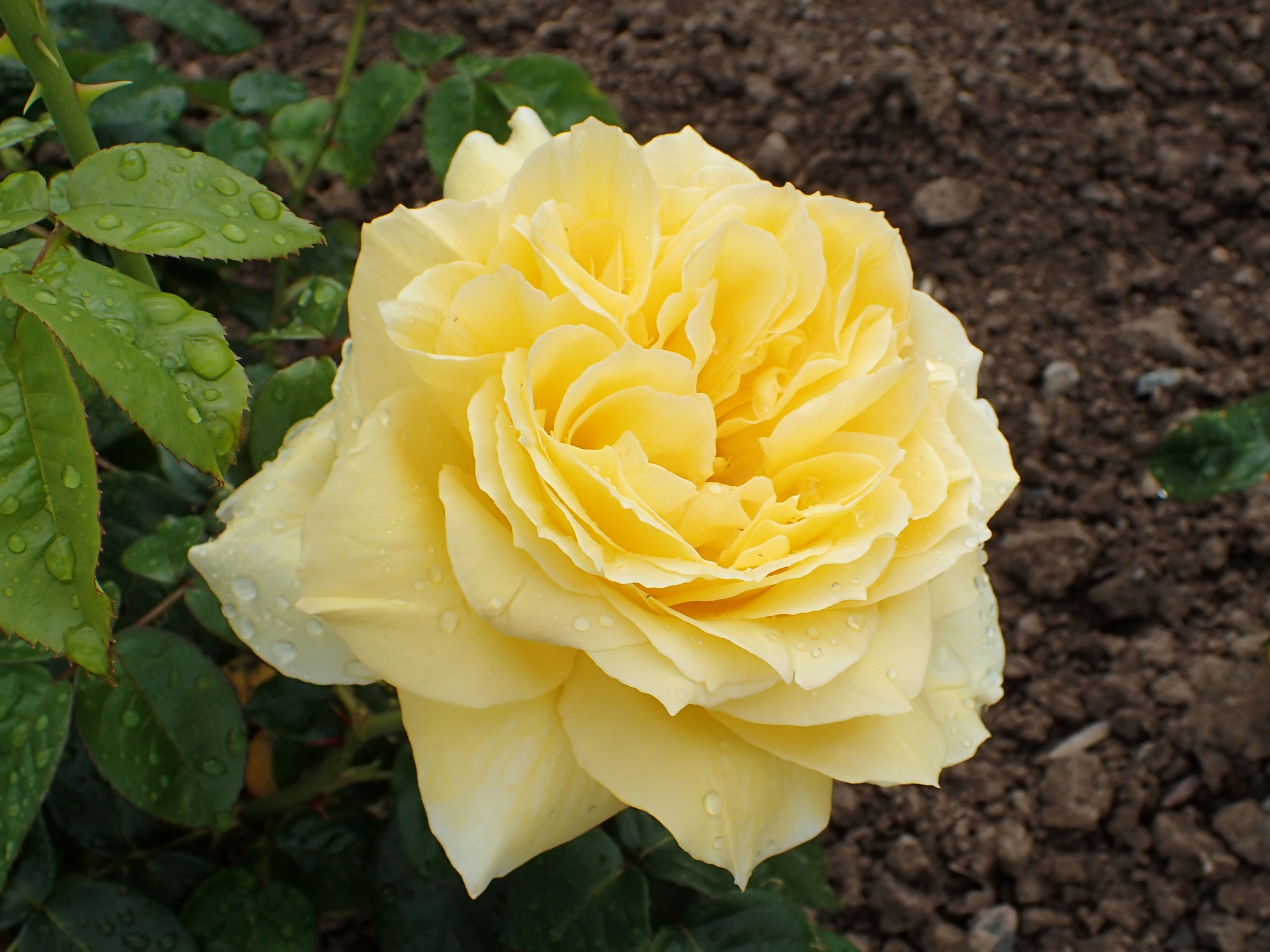
‘Souvenir de Marcel Proust’, Delbard, 1992
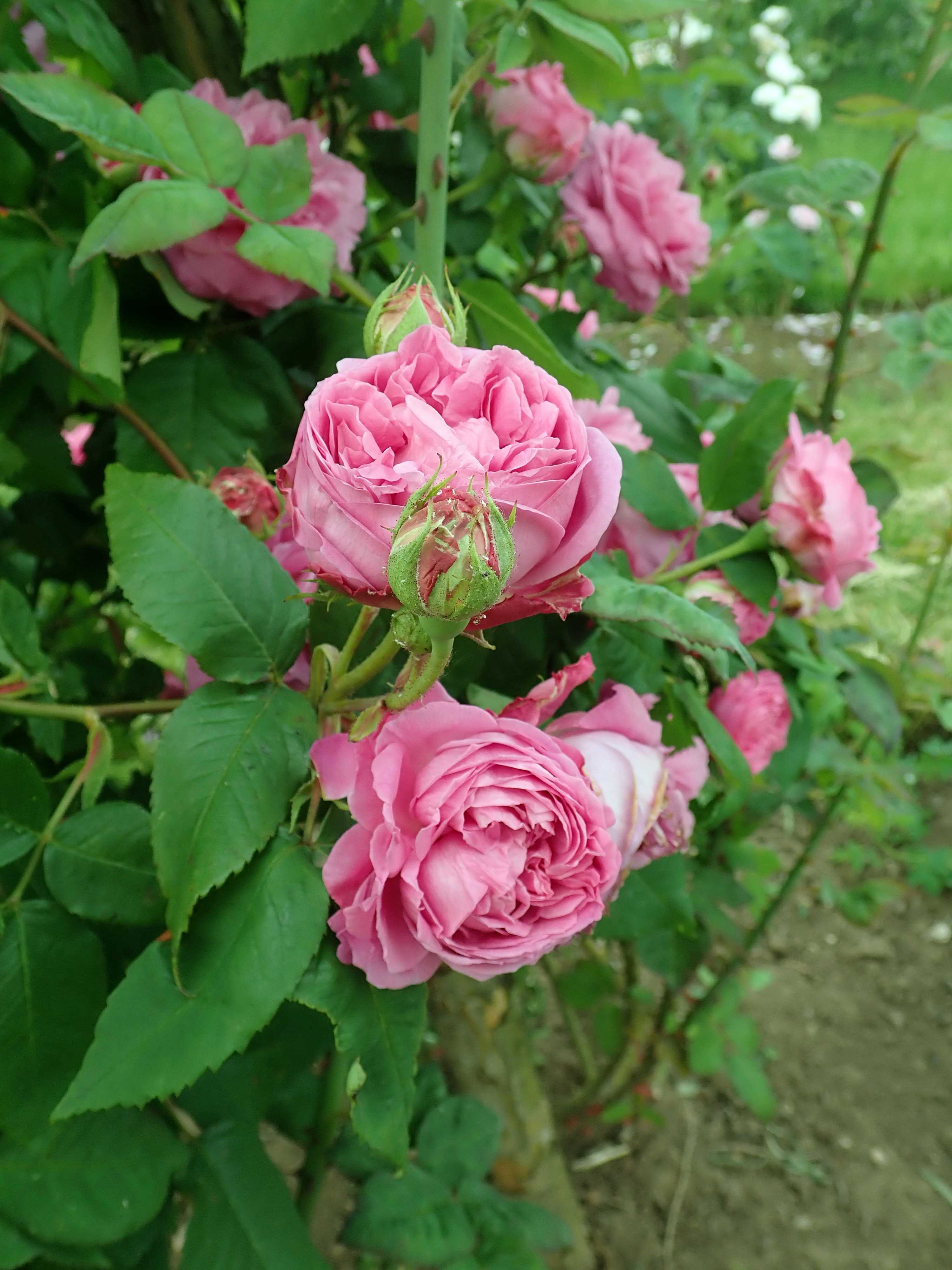
‘Souvenir de Nemours’, Hervé, 1869
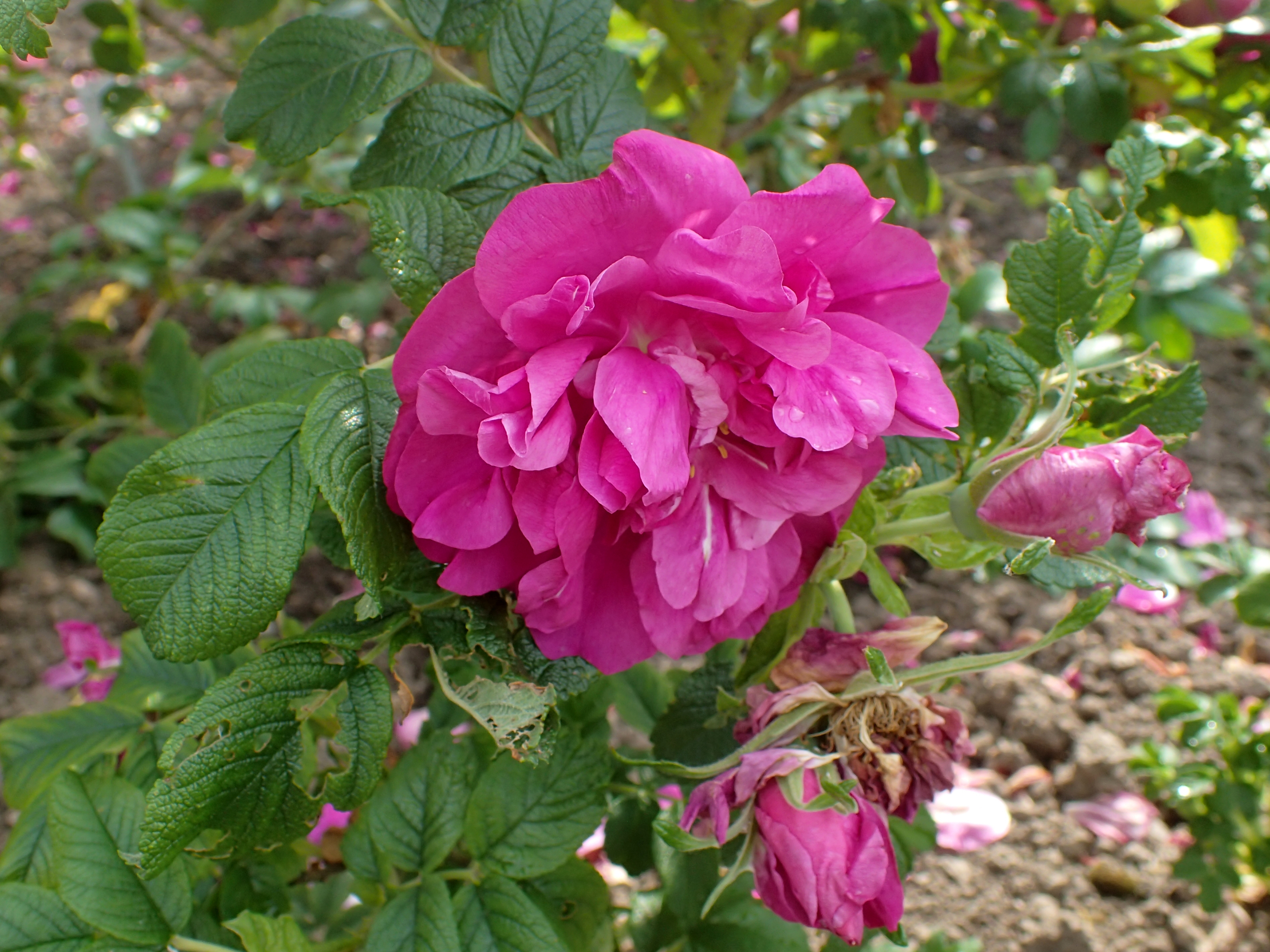
‘Souvenir de Pierre Leperdrieux’, Cochet-Cochet, 1895
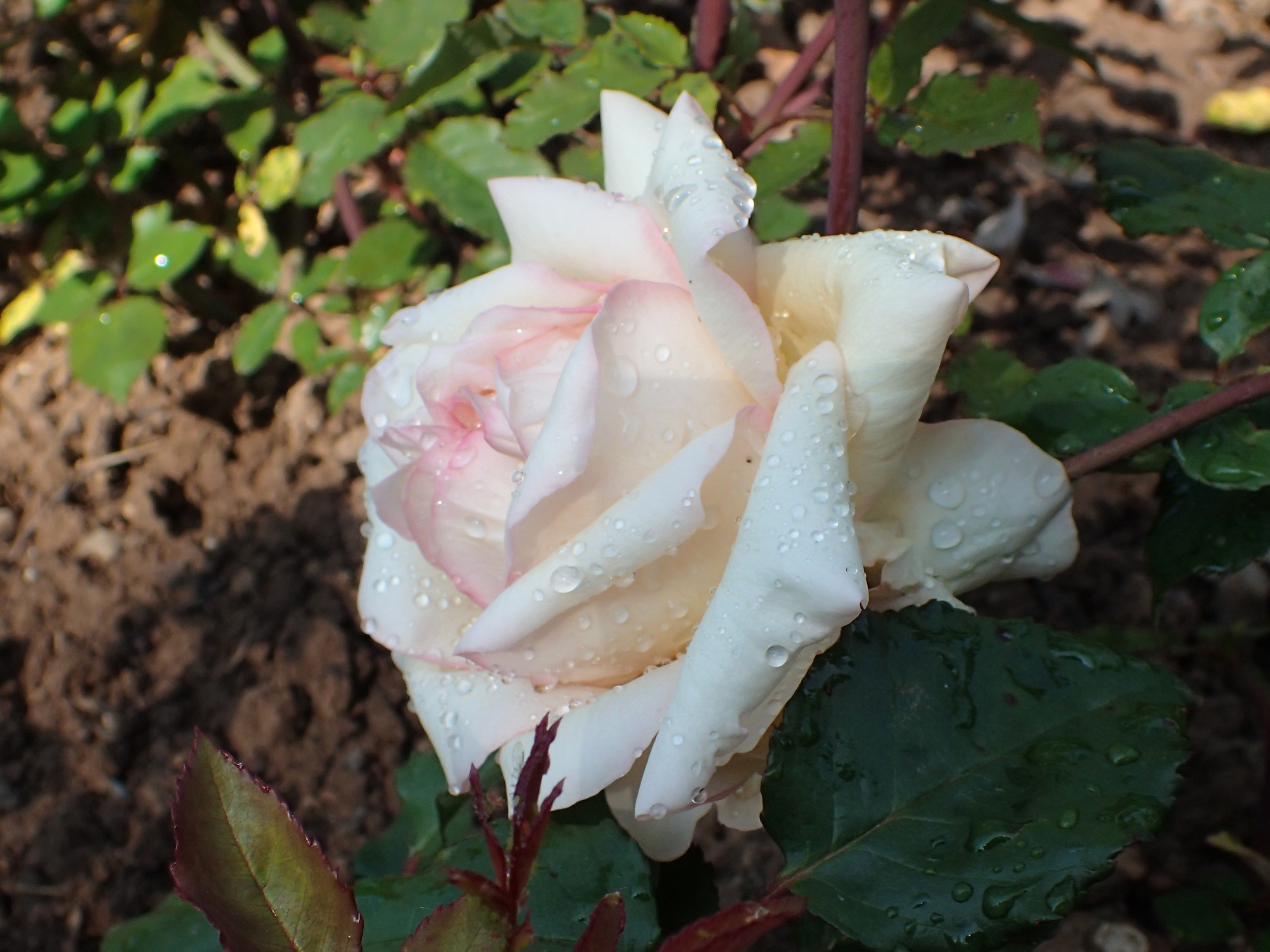
‘Souvenir de Pierre Notting’, Soupert & Notting, 1903
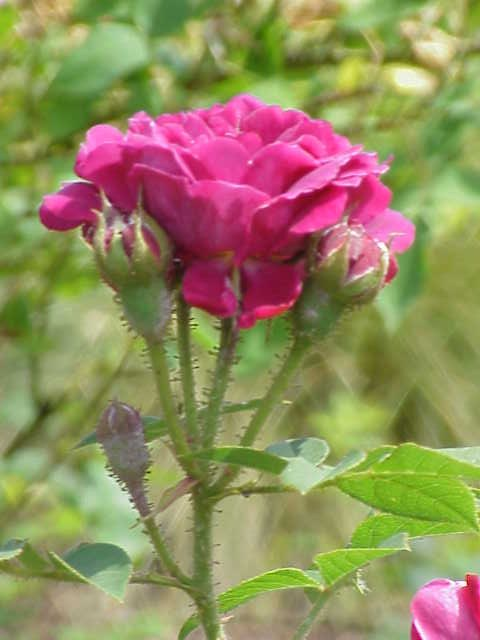
‘Souvenir de Pierre Vibert’, Moreau-Robert, 1867
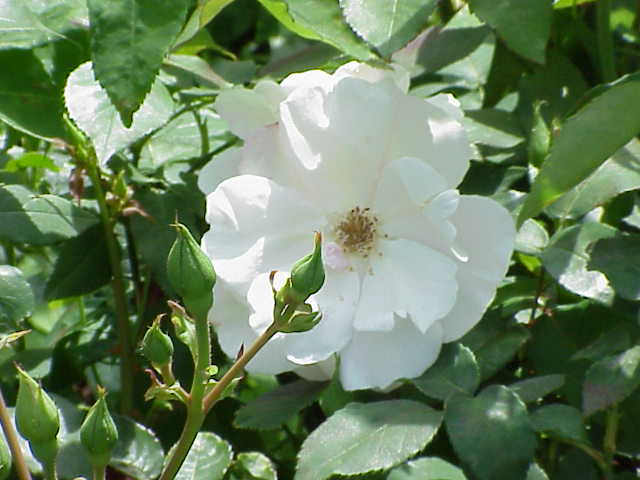
‘Souvenir de St. Annes’, wiedergefunden von Hilling, 1950
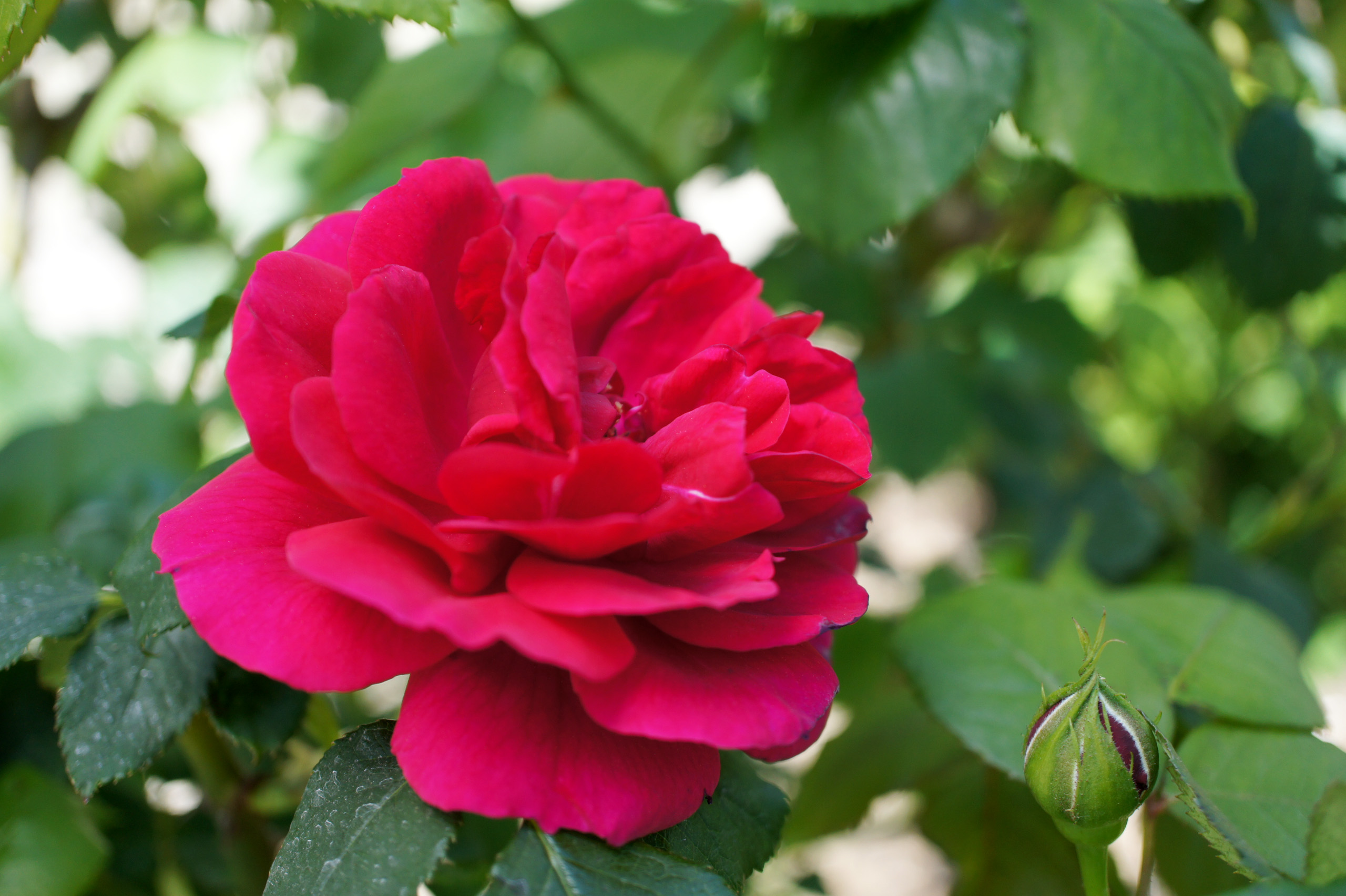
‘Souvenir de Thérèse Levet’, Antoine Levet, 1882
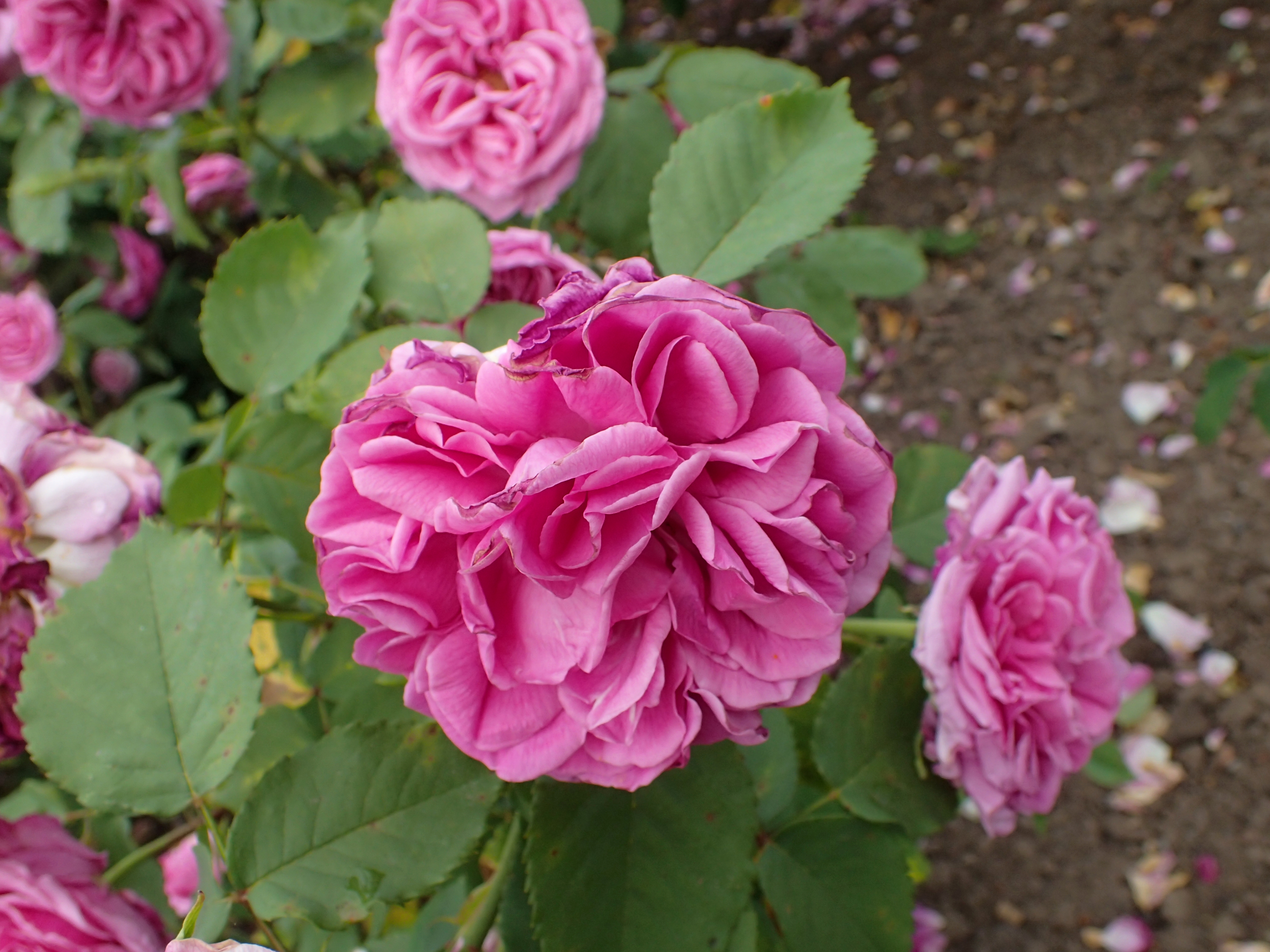
‘Souvenir de Victor Landeau’, Moreau-Robert, 1890
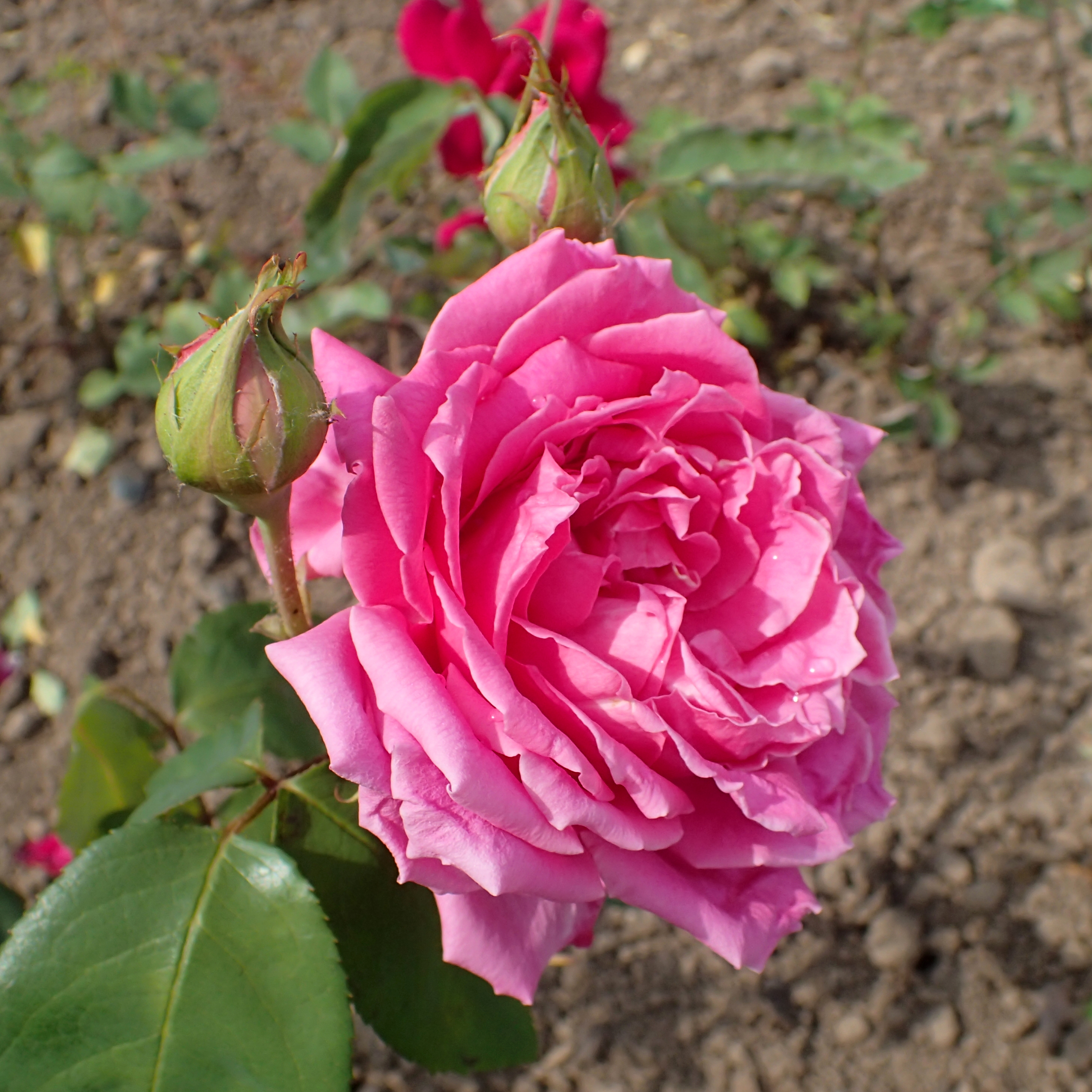
‘Souvenir du Dr. Albert Reverdin’, Pierre Bernaix, 1930
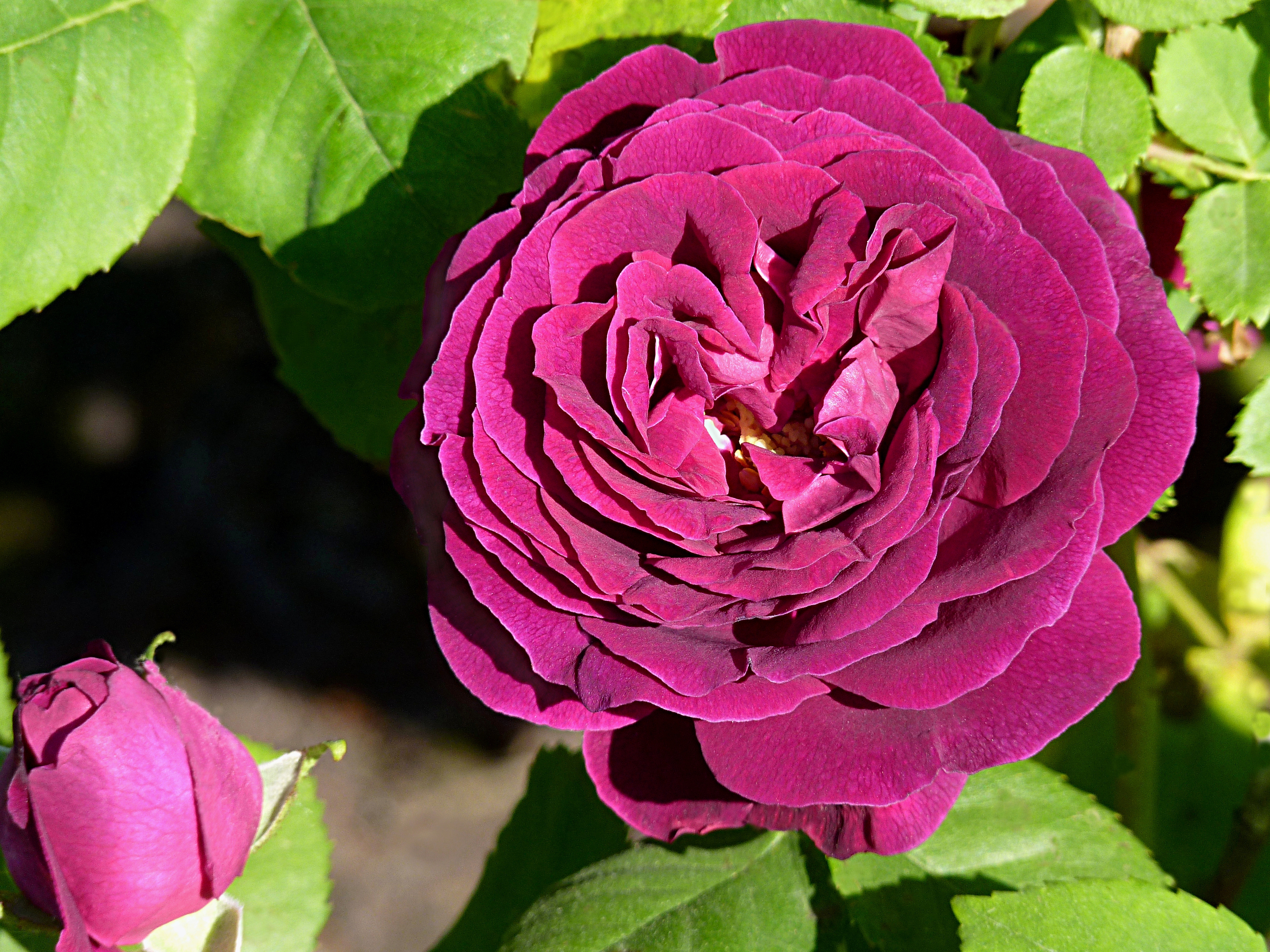
‘Souvenir du Docteur Jamain’, Lacharme, 1865
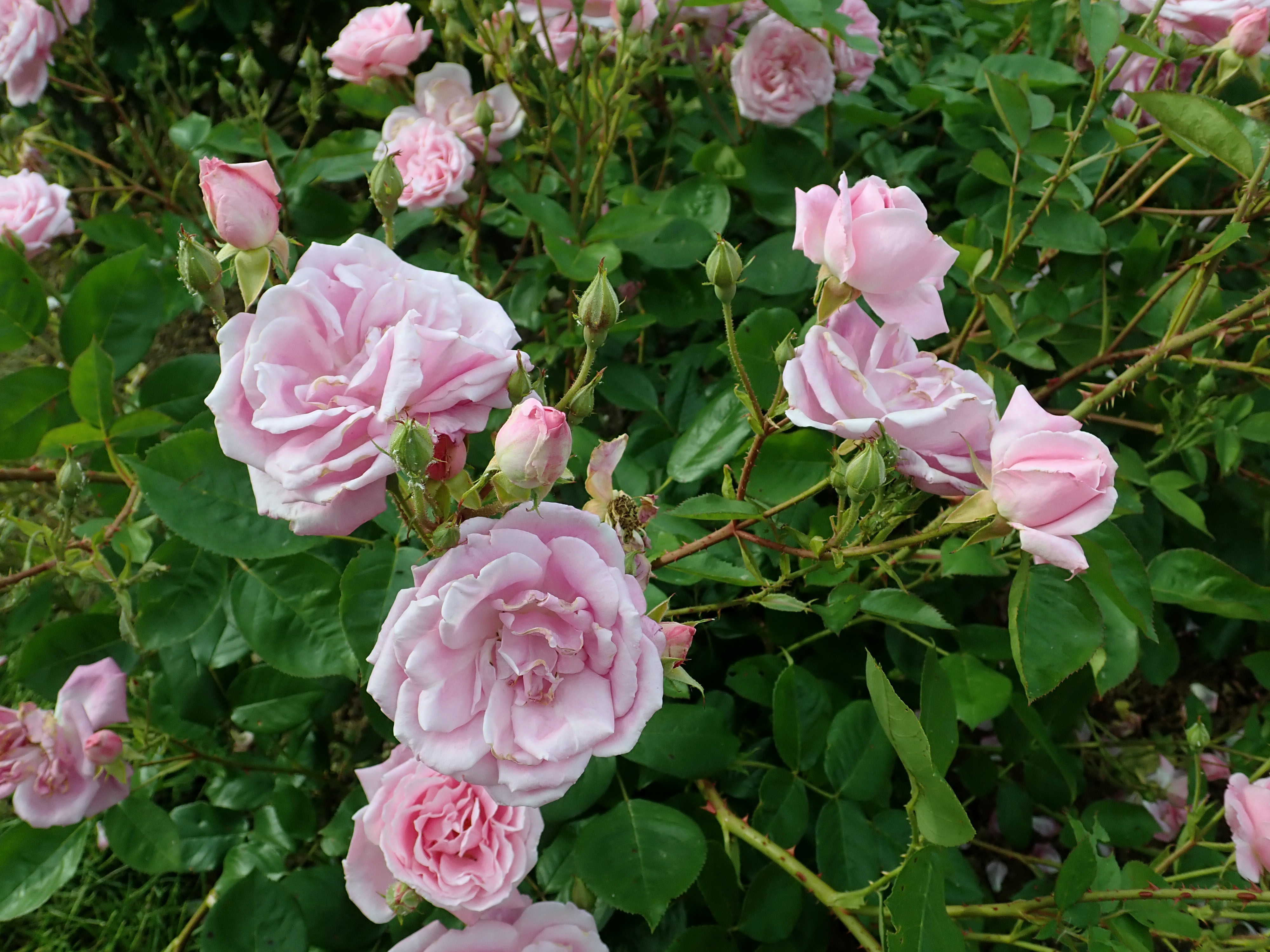
‘Souvenir du Président Lincoln’, Moreau-Robert, 1865
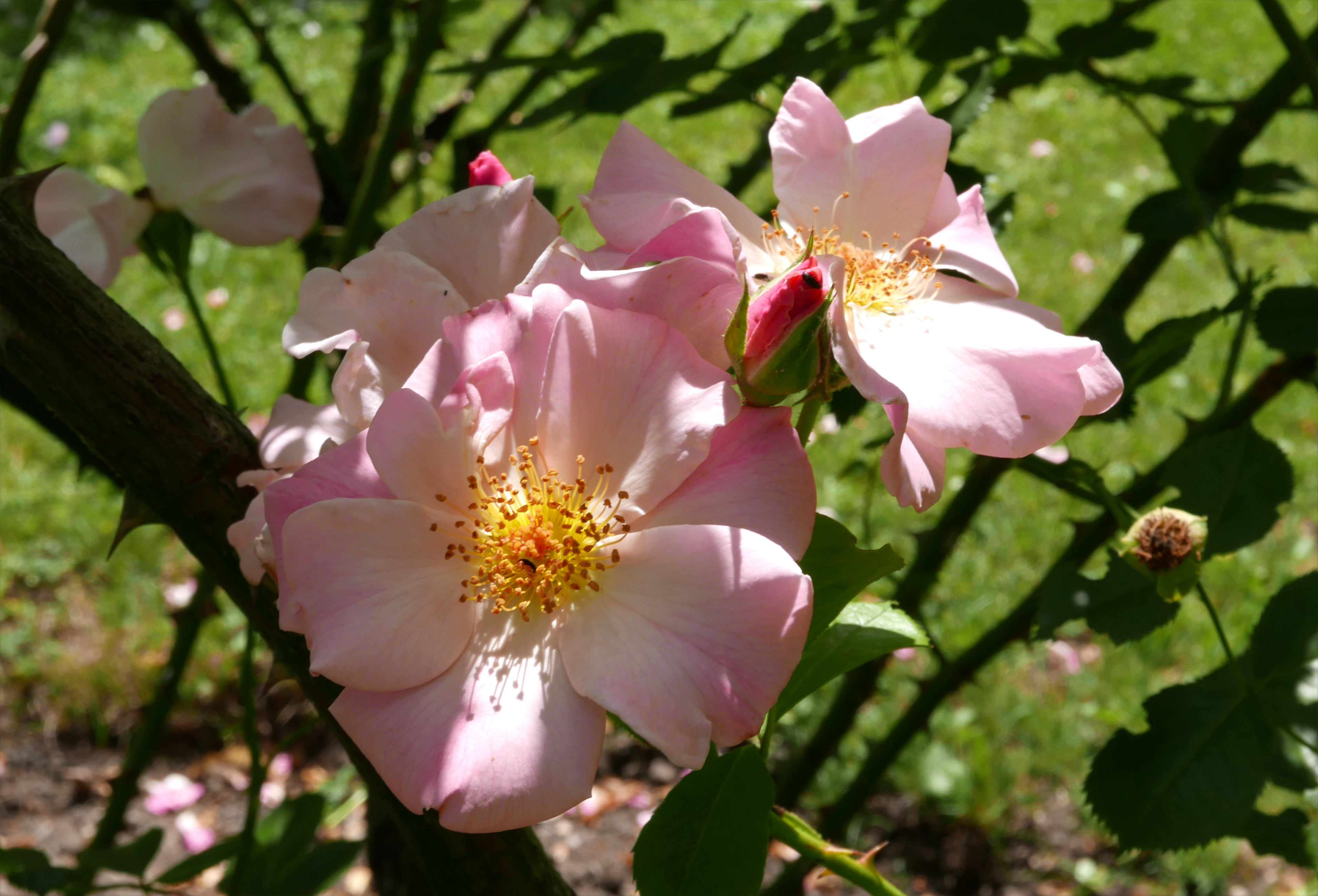
‘Sparrieshoop’, Kordes, 1953
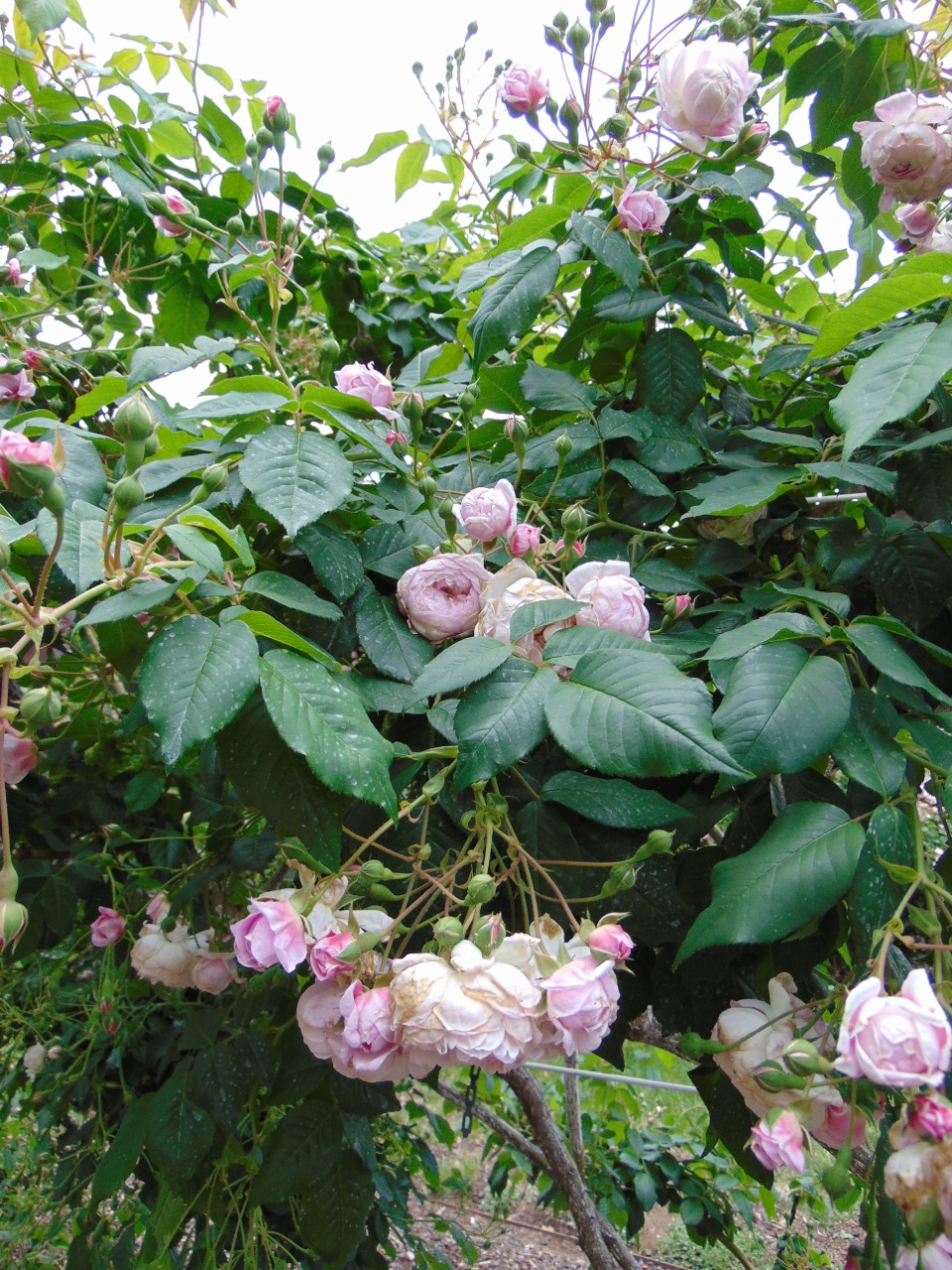
‘Spectabile’ (oder ‘Hayez’), ?, vor 1833
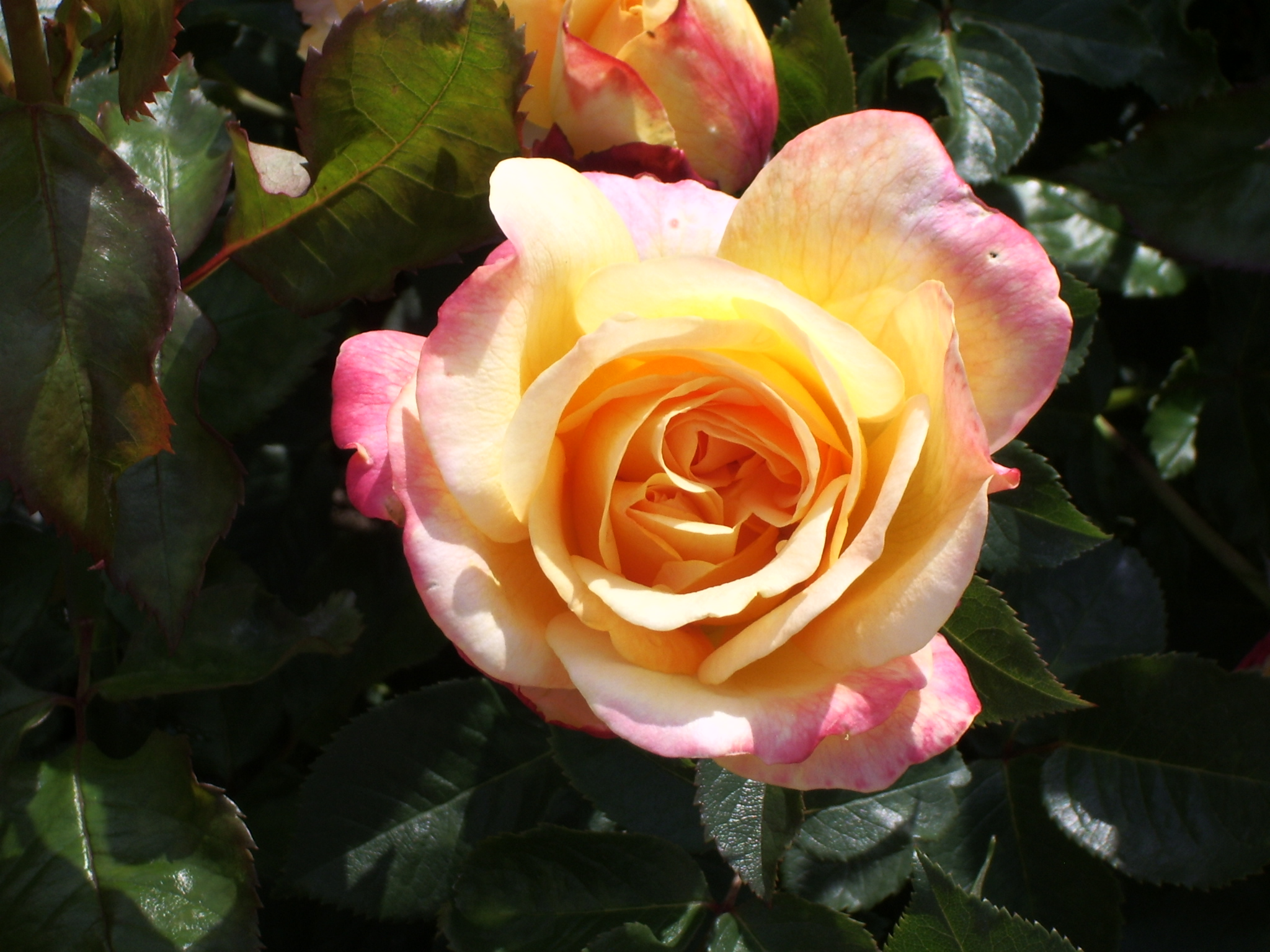
‘Speelwark’, Kordes, 1999
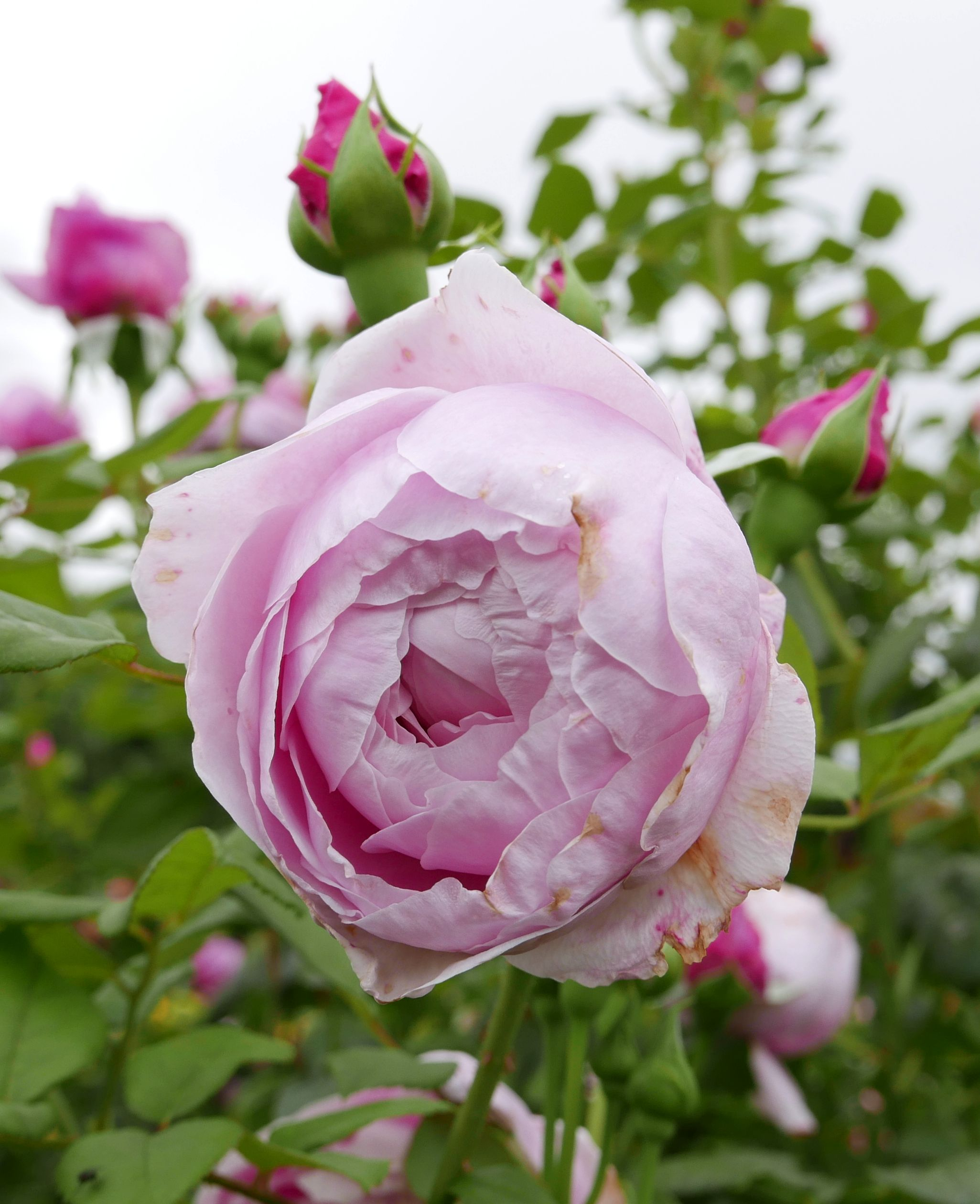
‘Spirit of Freedom’, Austin, 2002
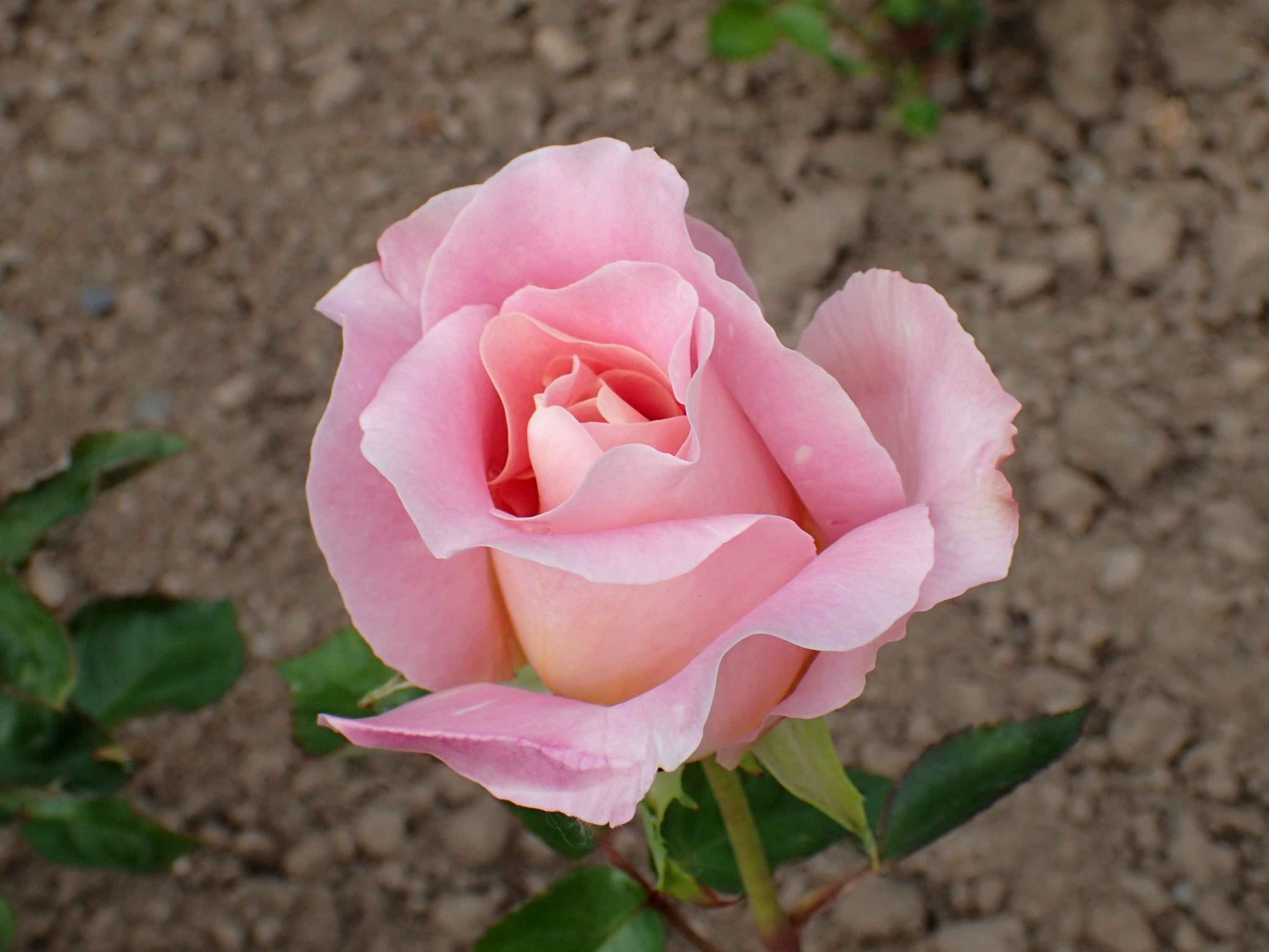
‘Splendor’, Sauvageot, 1934
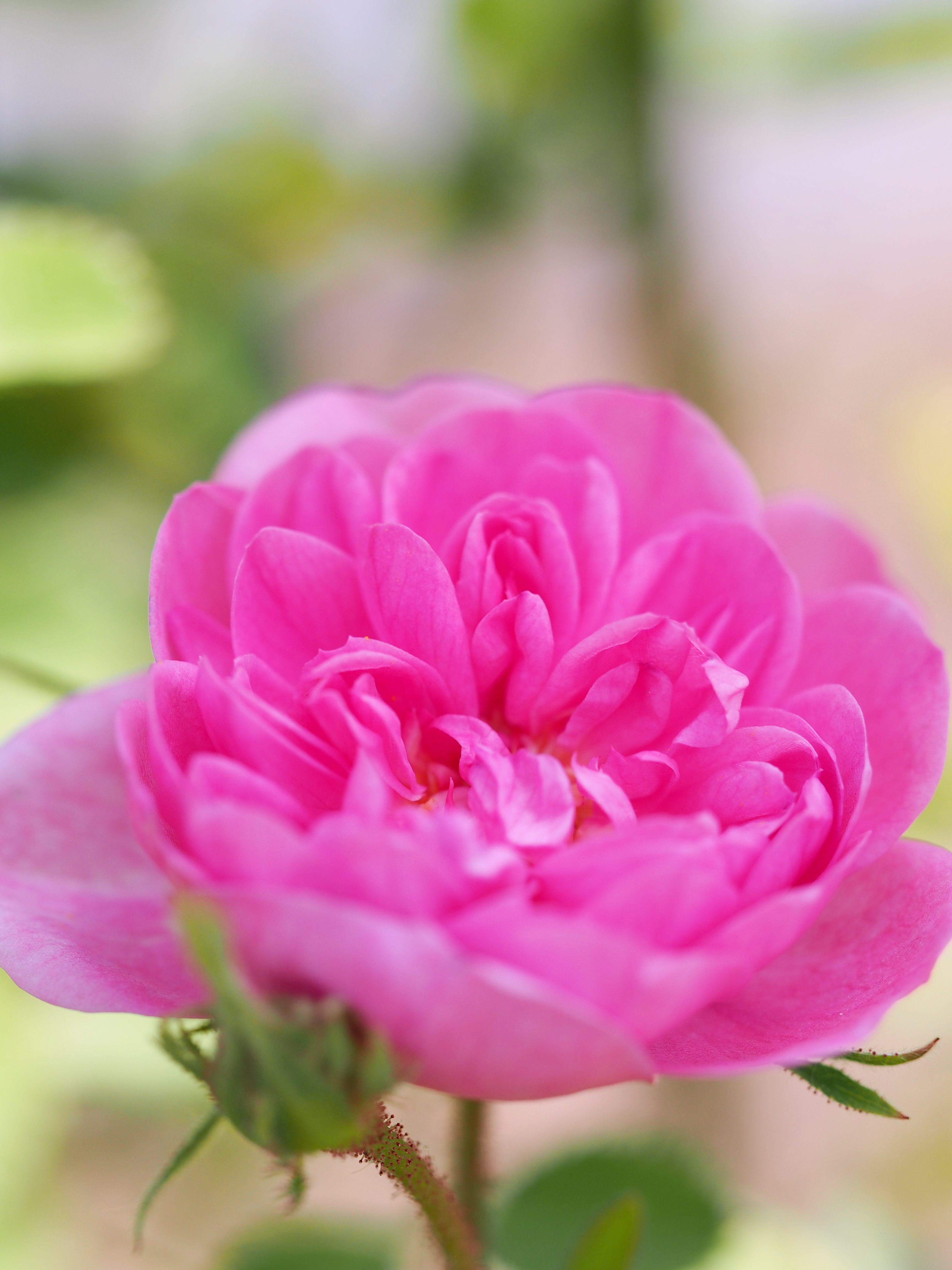
‘Spong’, Rosa centifolia, vor 1789
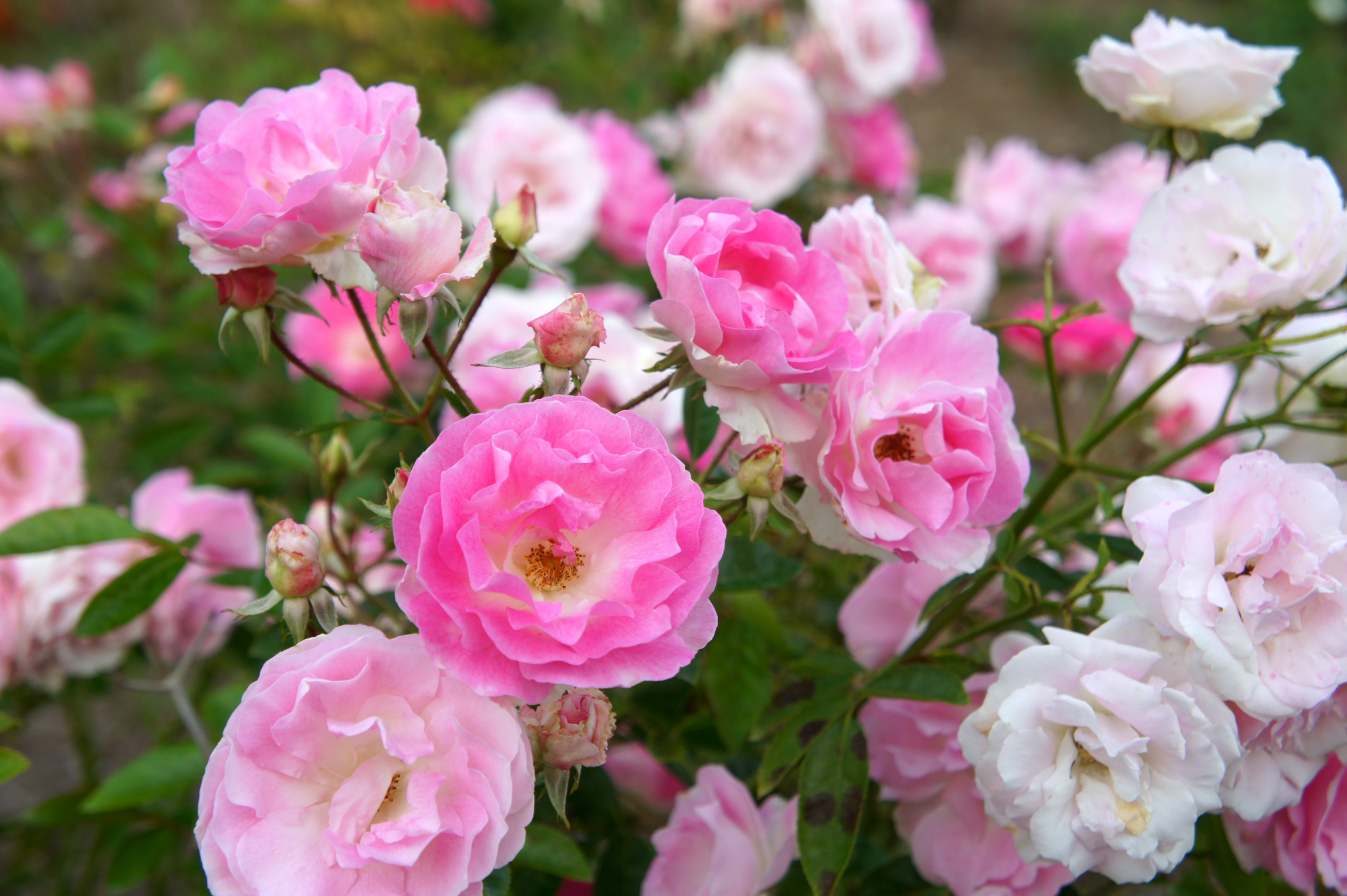
‘Spring Pal’, Itami, 2004
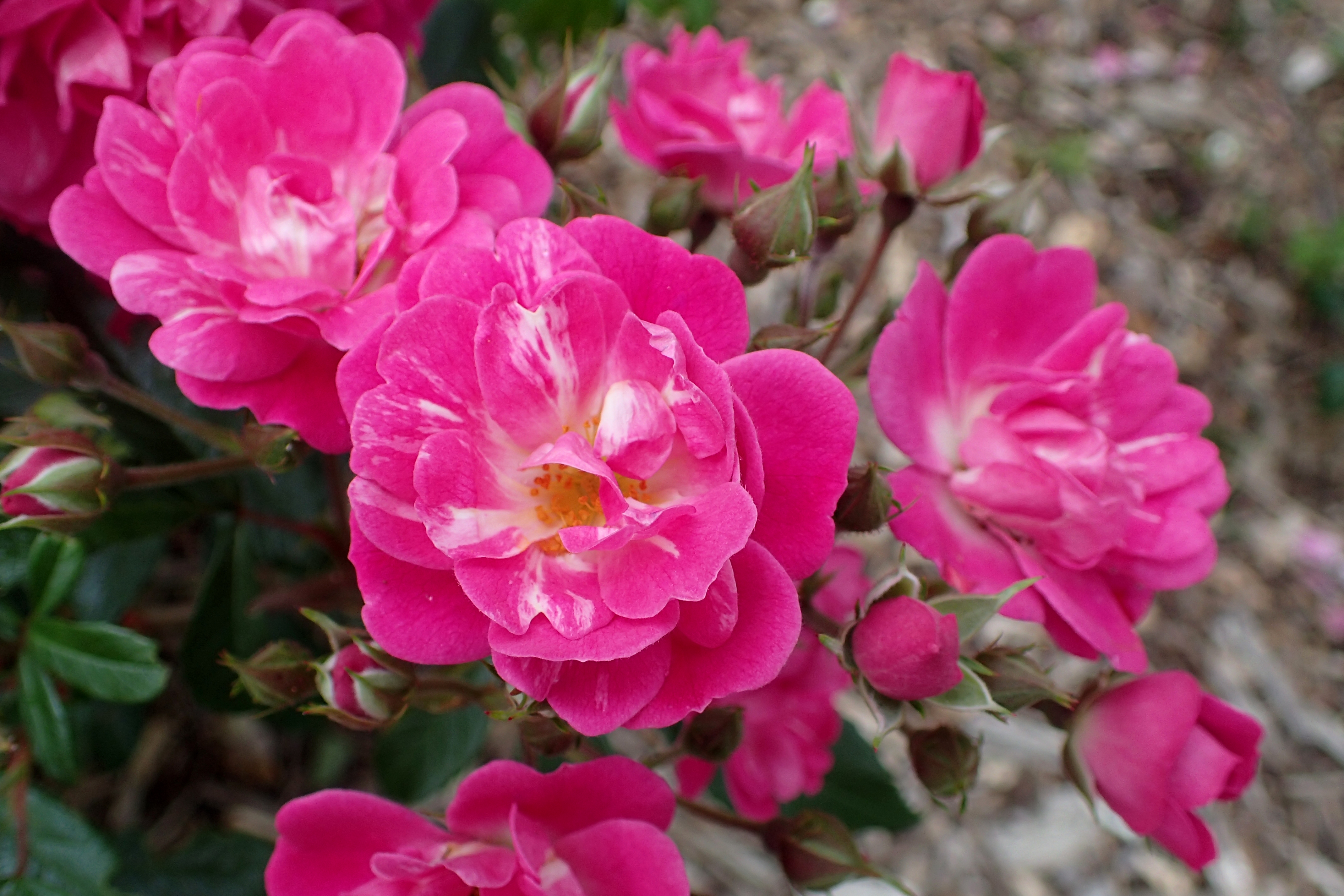
‘Spring Song’, Frank L. Riethmuller, 1954
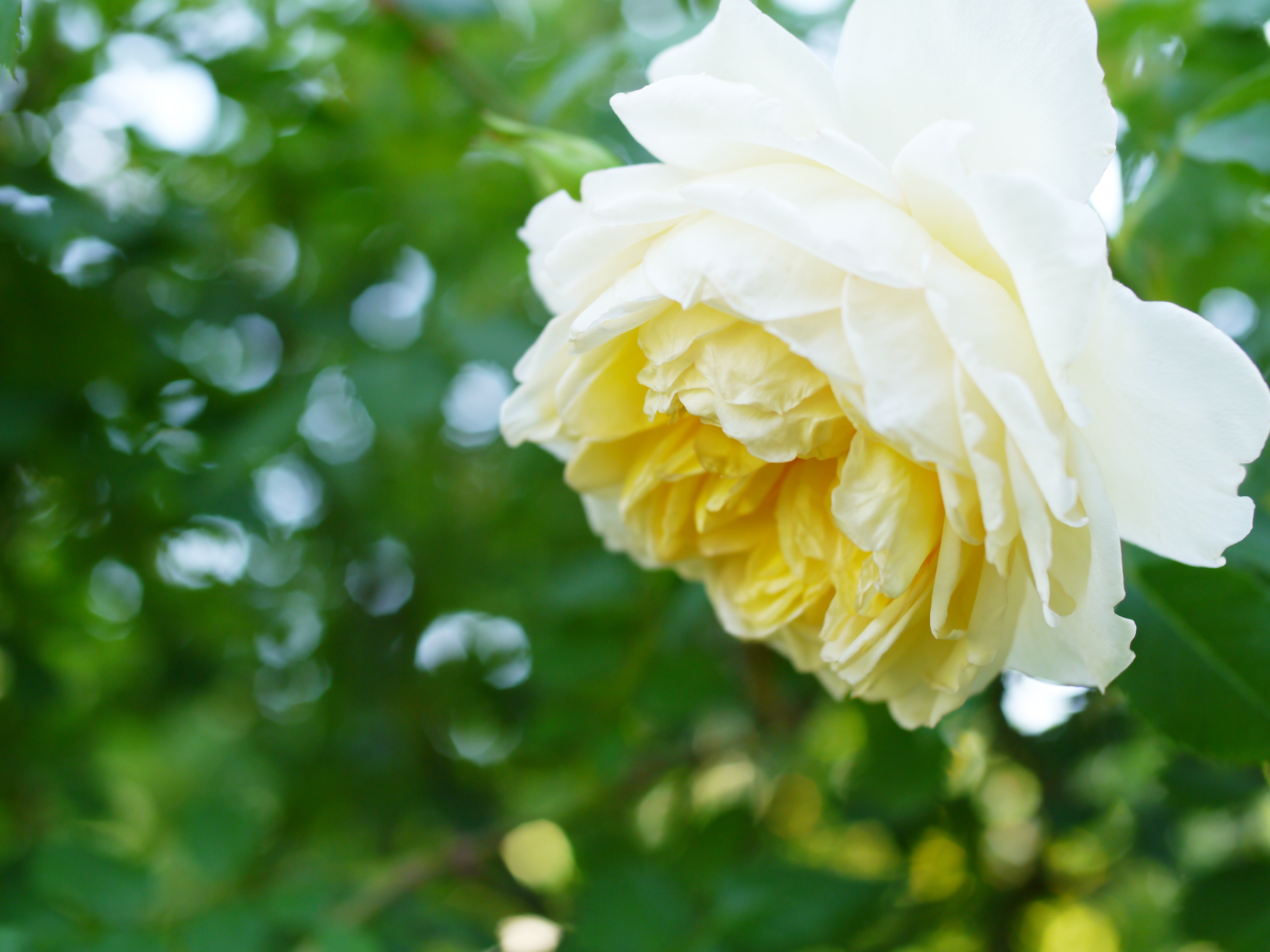
‘St. Alban’, David Austin, 2004
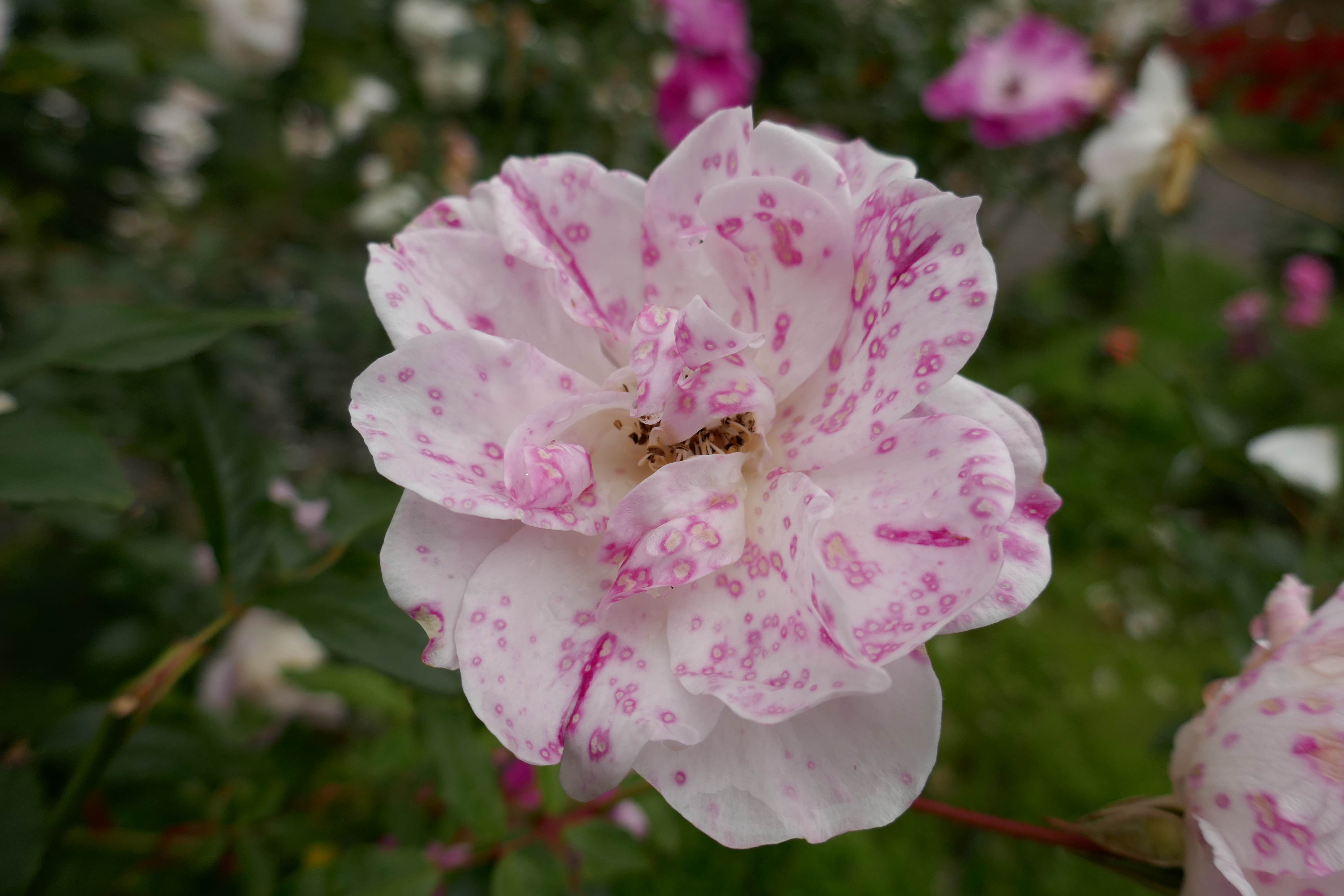
‘St-Dustan’s Rose’, Kirkham, 1991
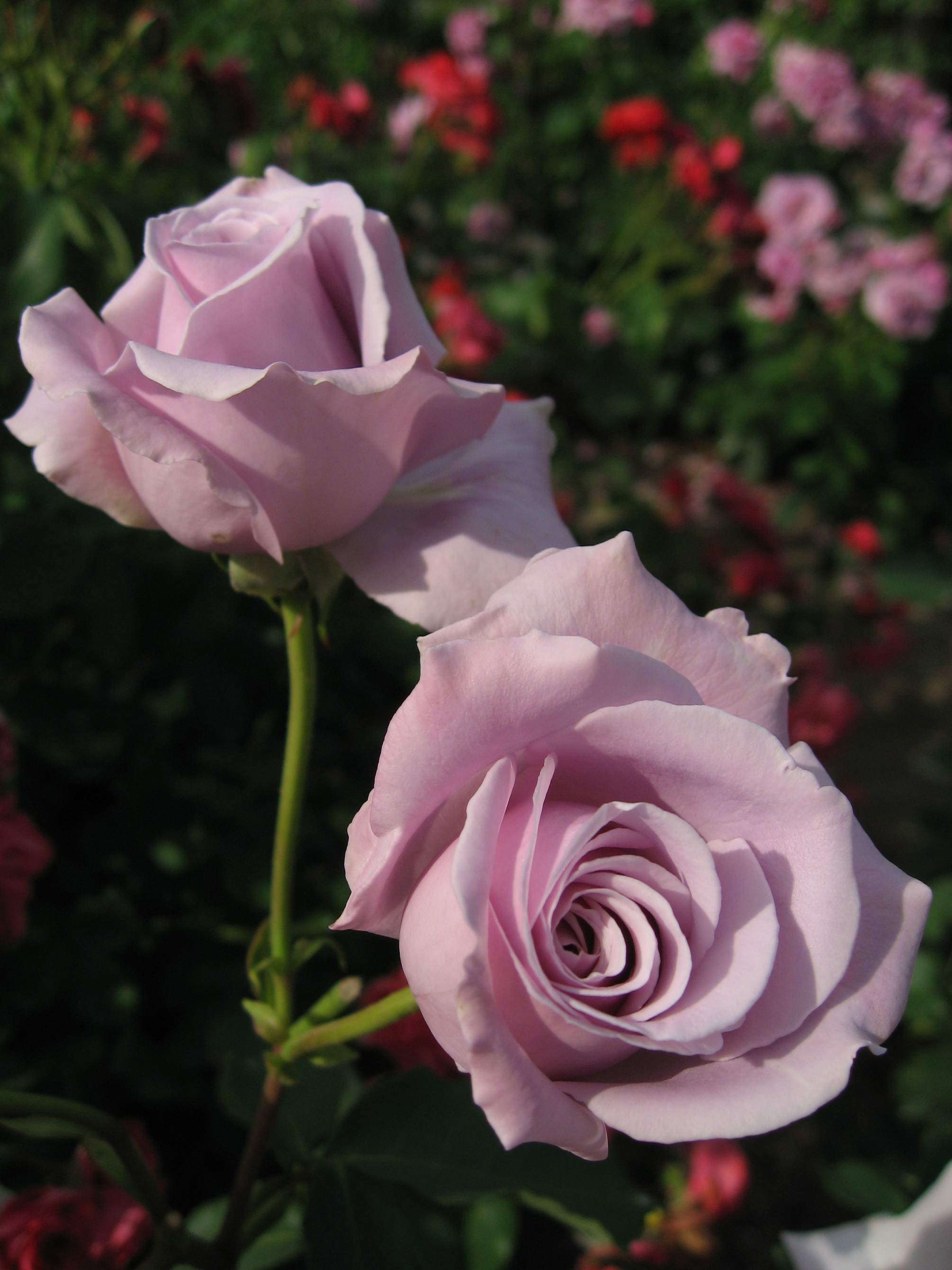
‘Sterling Silver’, Esther Gladys Fisher, 1957
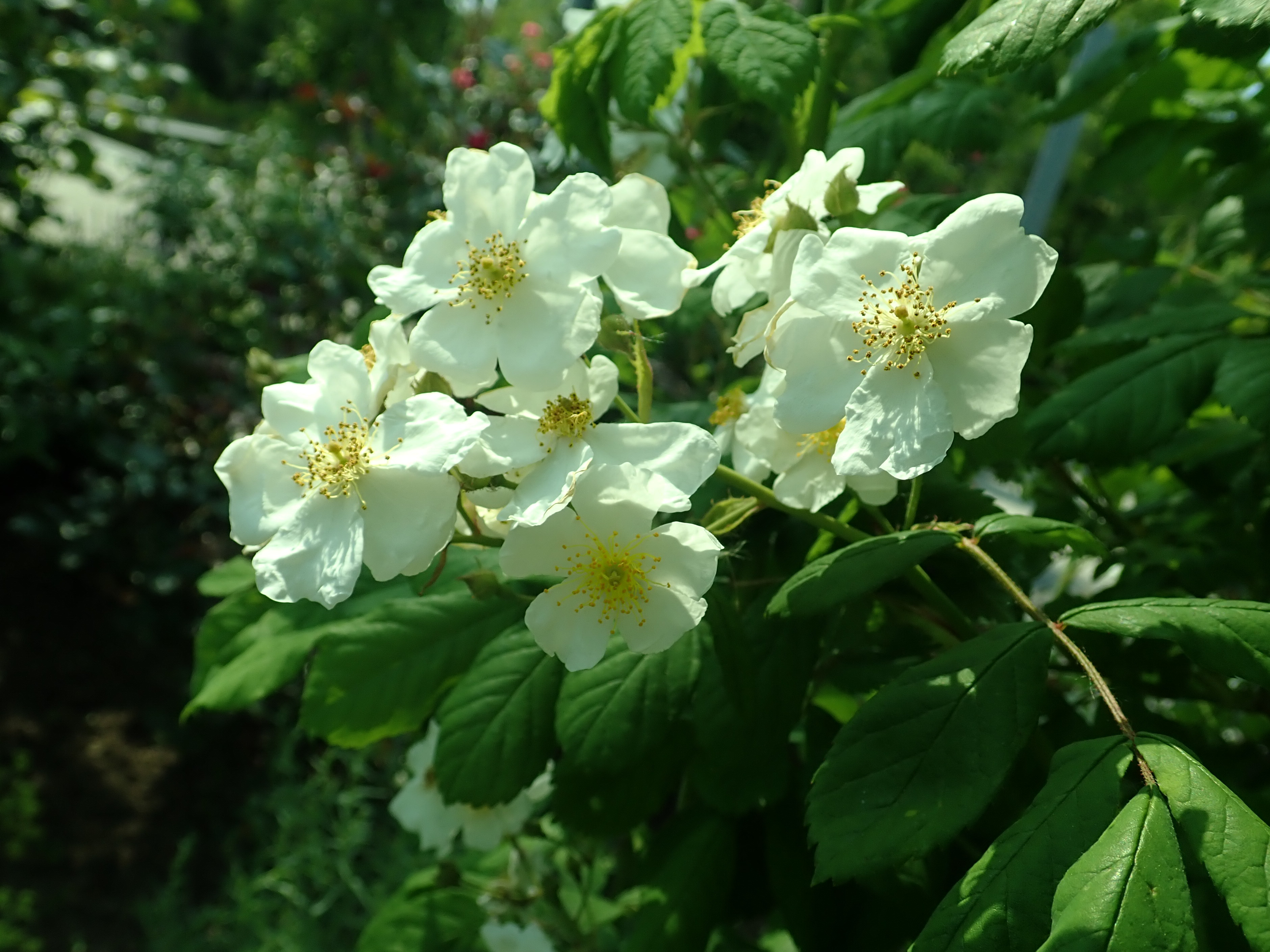
‘Ste. Geneviève’, Guimont, 1987
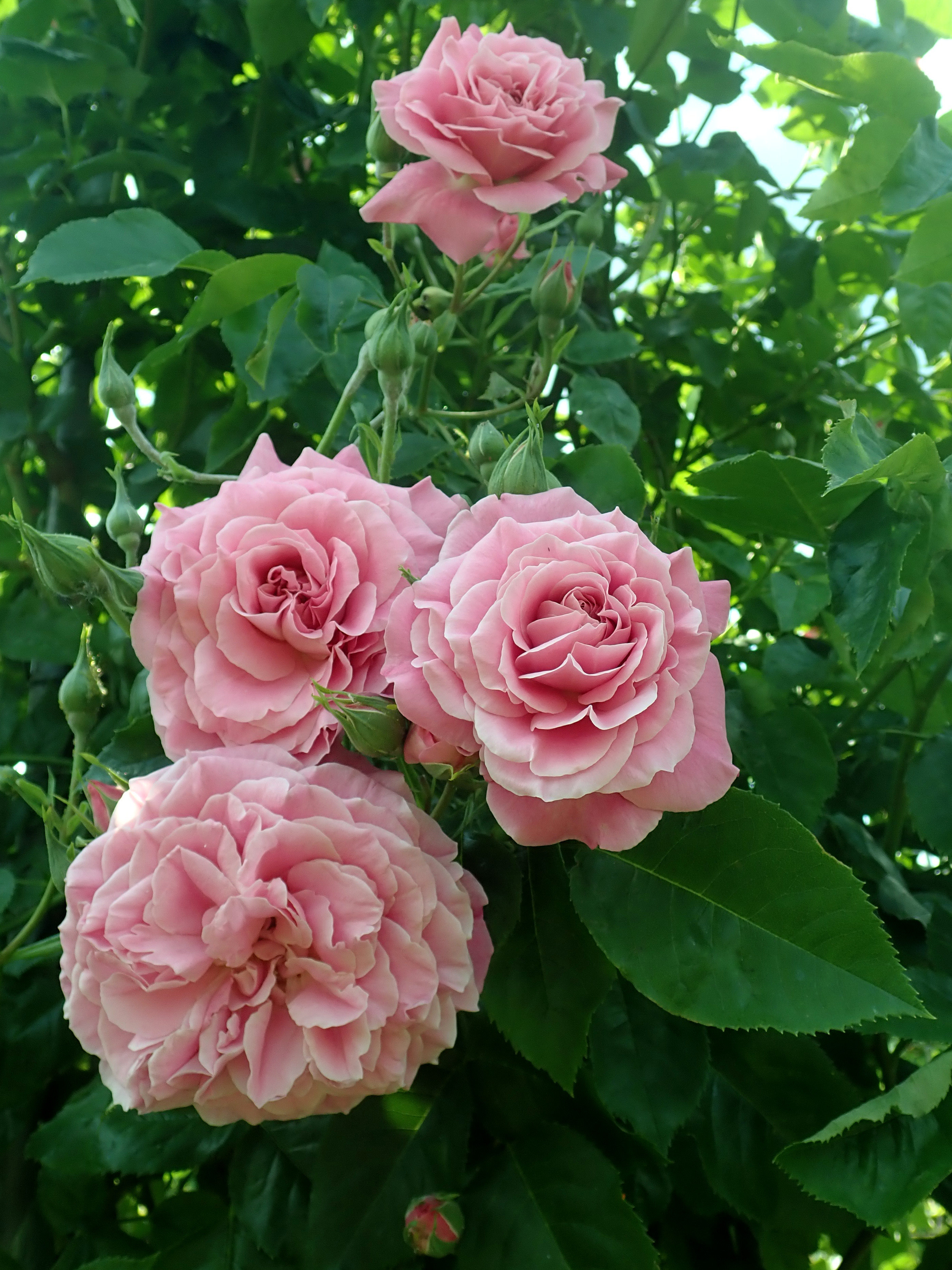
‘St. Elisabeth of Hungary’ (‘Heilige Elisabeth’), Gergely Márk, 1988
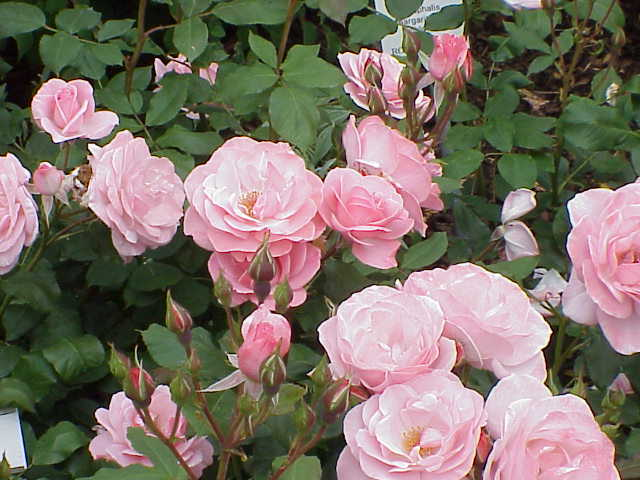
‘St. Helena’, Canth, 1984
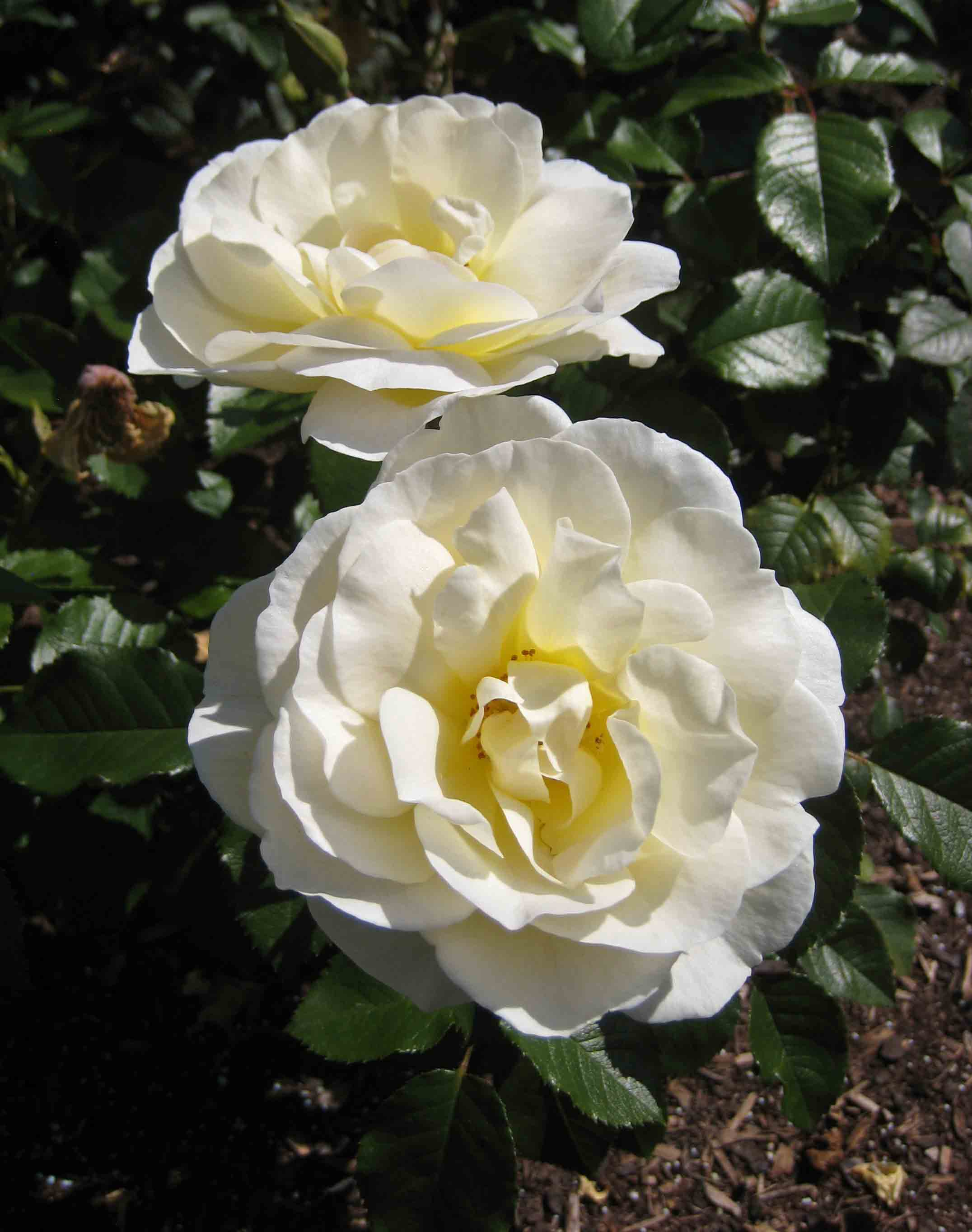
‘St. Mary’s’, unbekannt
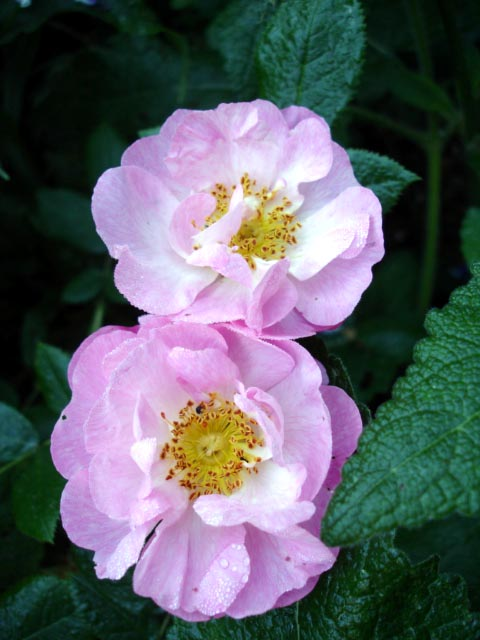
‘St. Nicholas’, Rosa damascena, Robert James, 1950
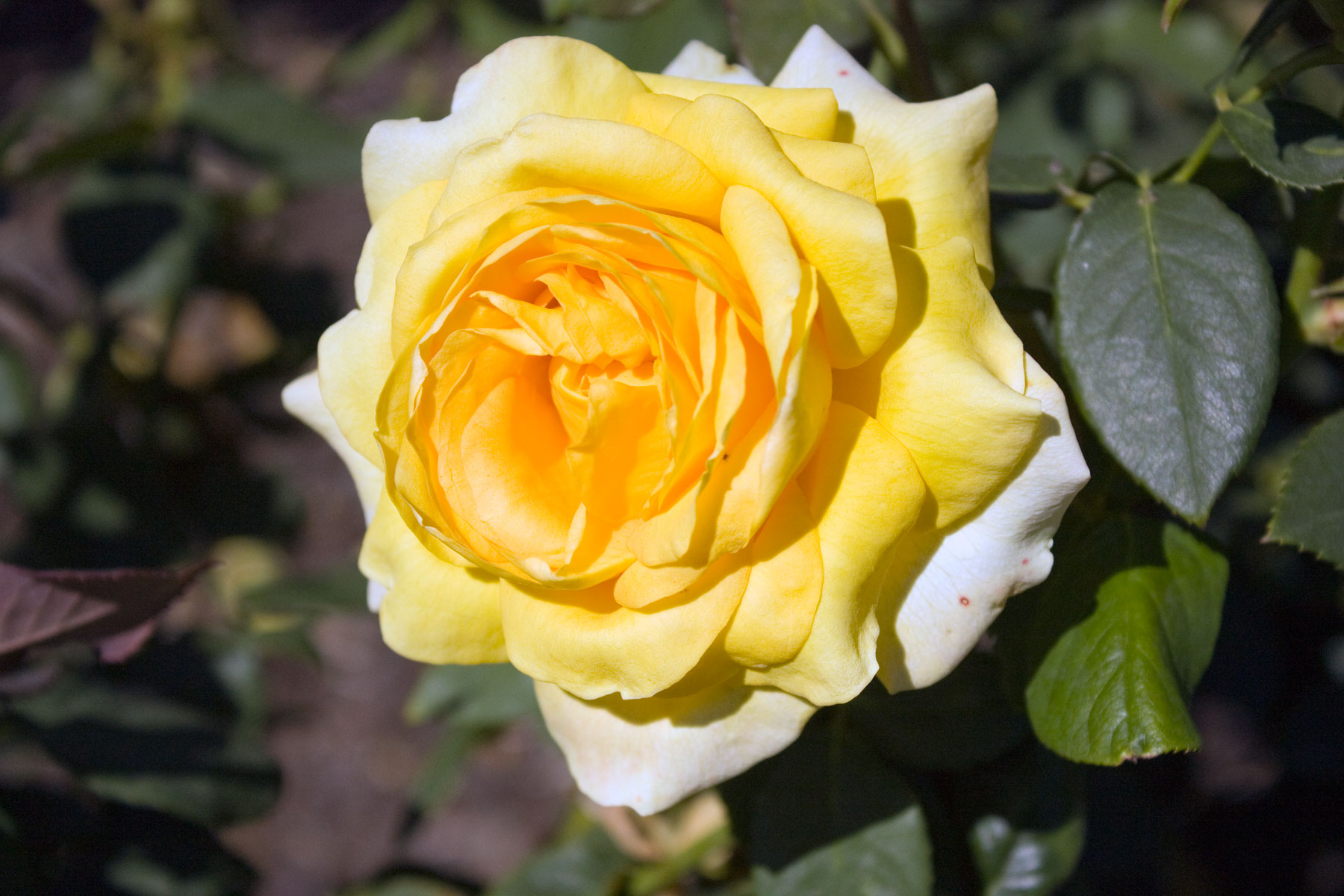
‘St. Patrick’, Frank A. Strickland, 1986
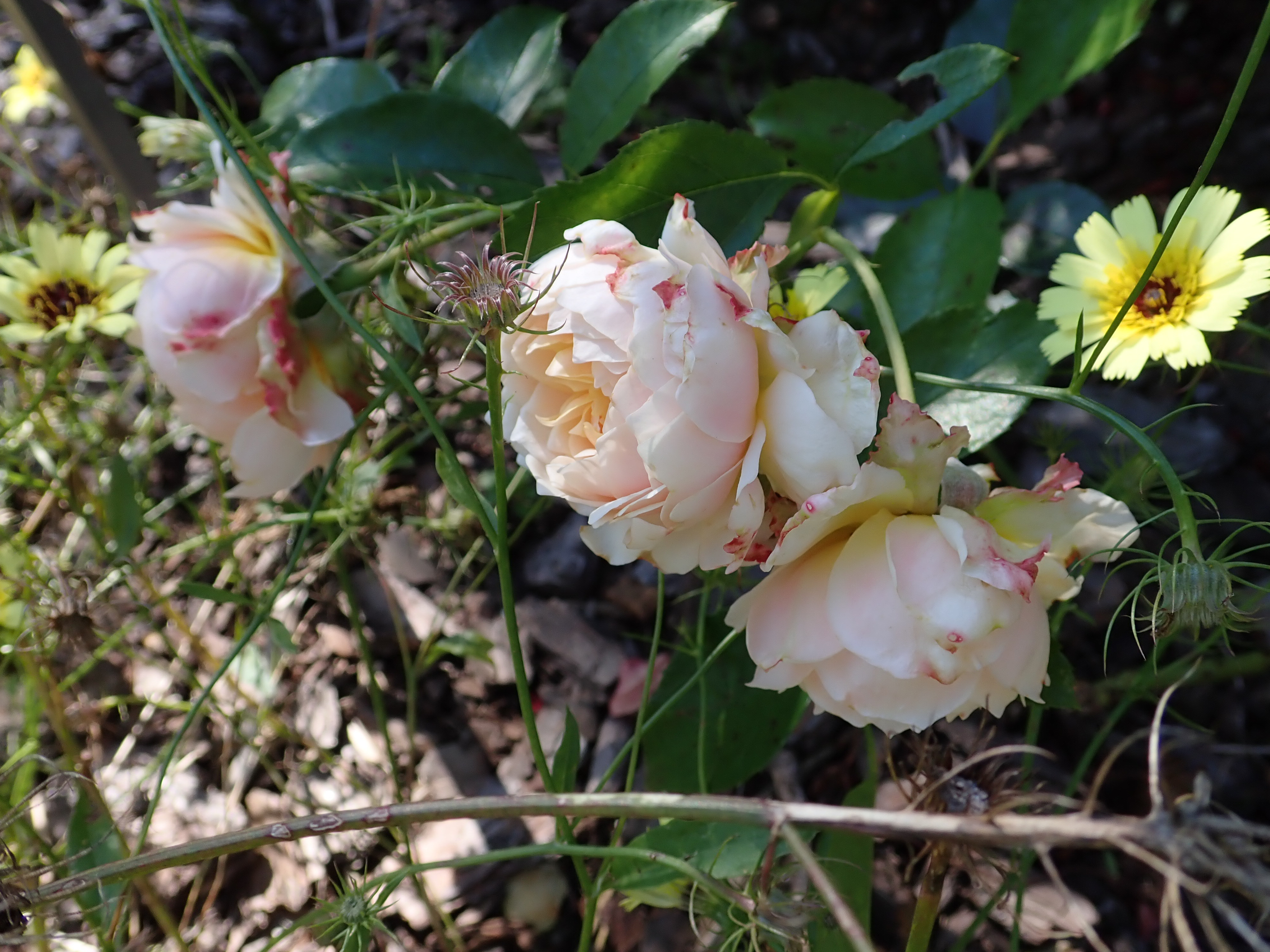
‘St. Richard of Chichester’, Harkness, 2006
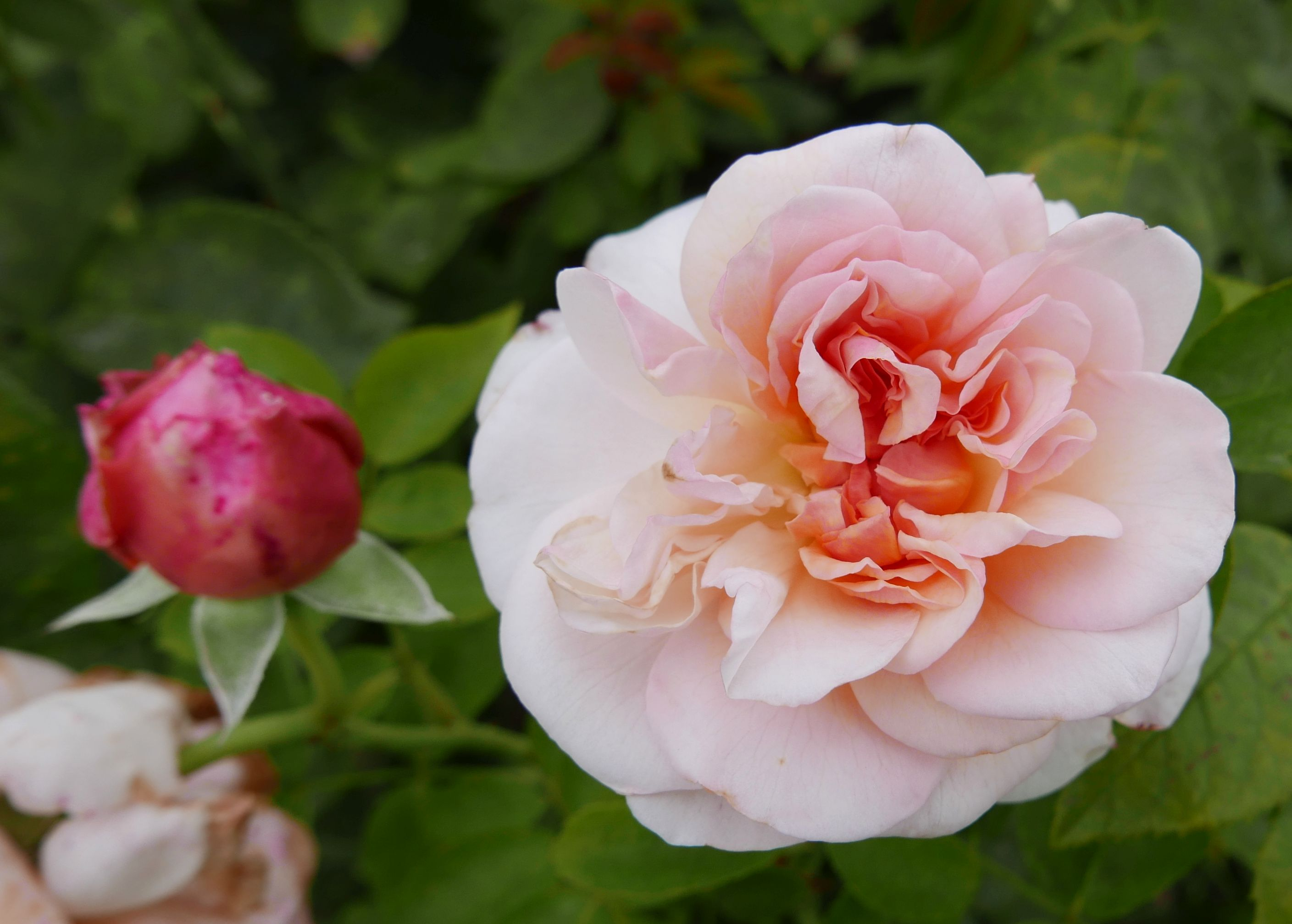
‘St. Swithun’, Austin, 1993
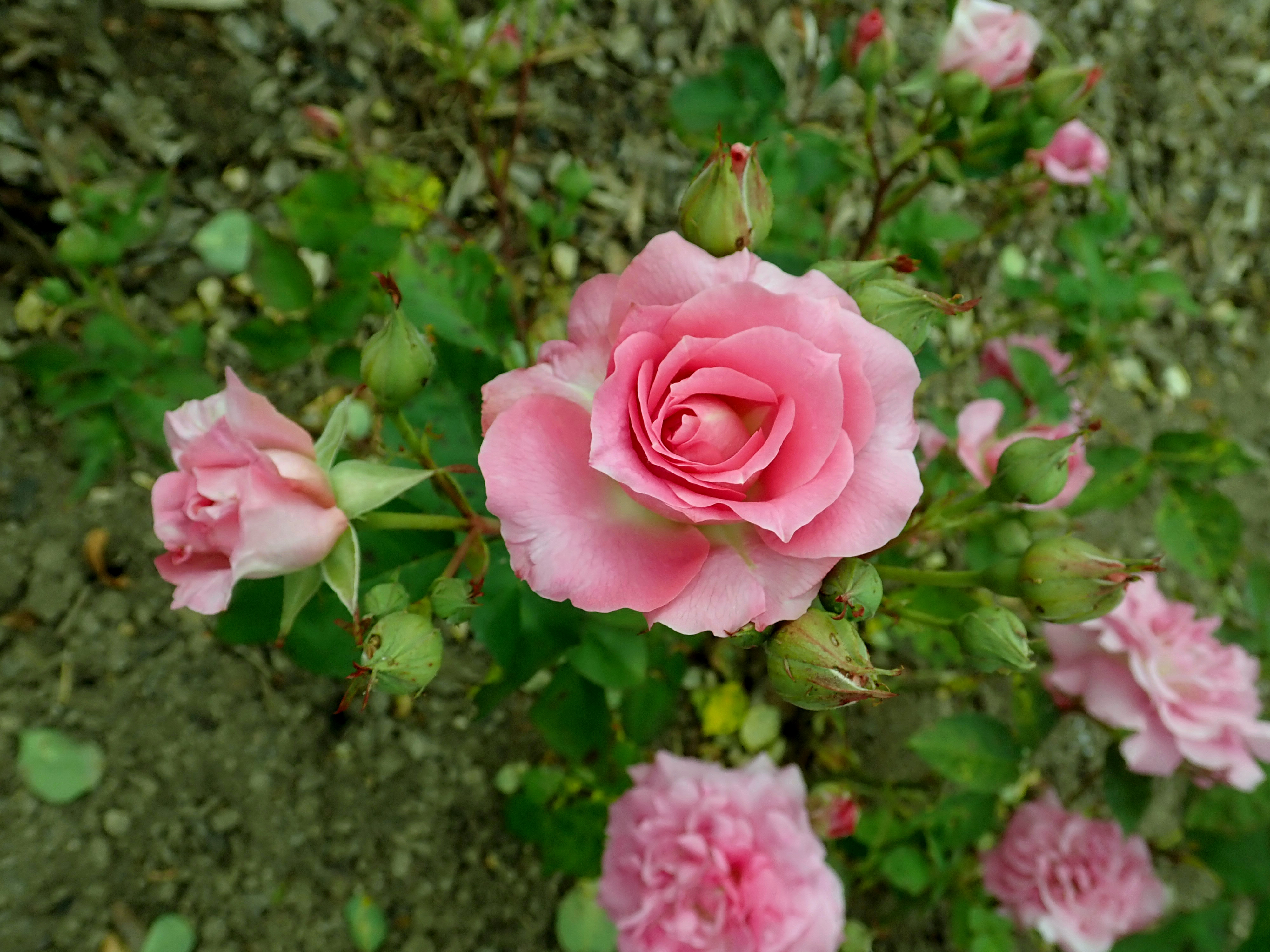
‘Stadt Baunatal’, Dr. Schmadlak, 1977
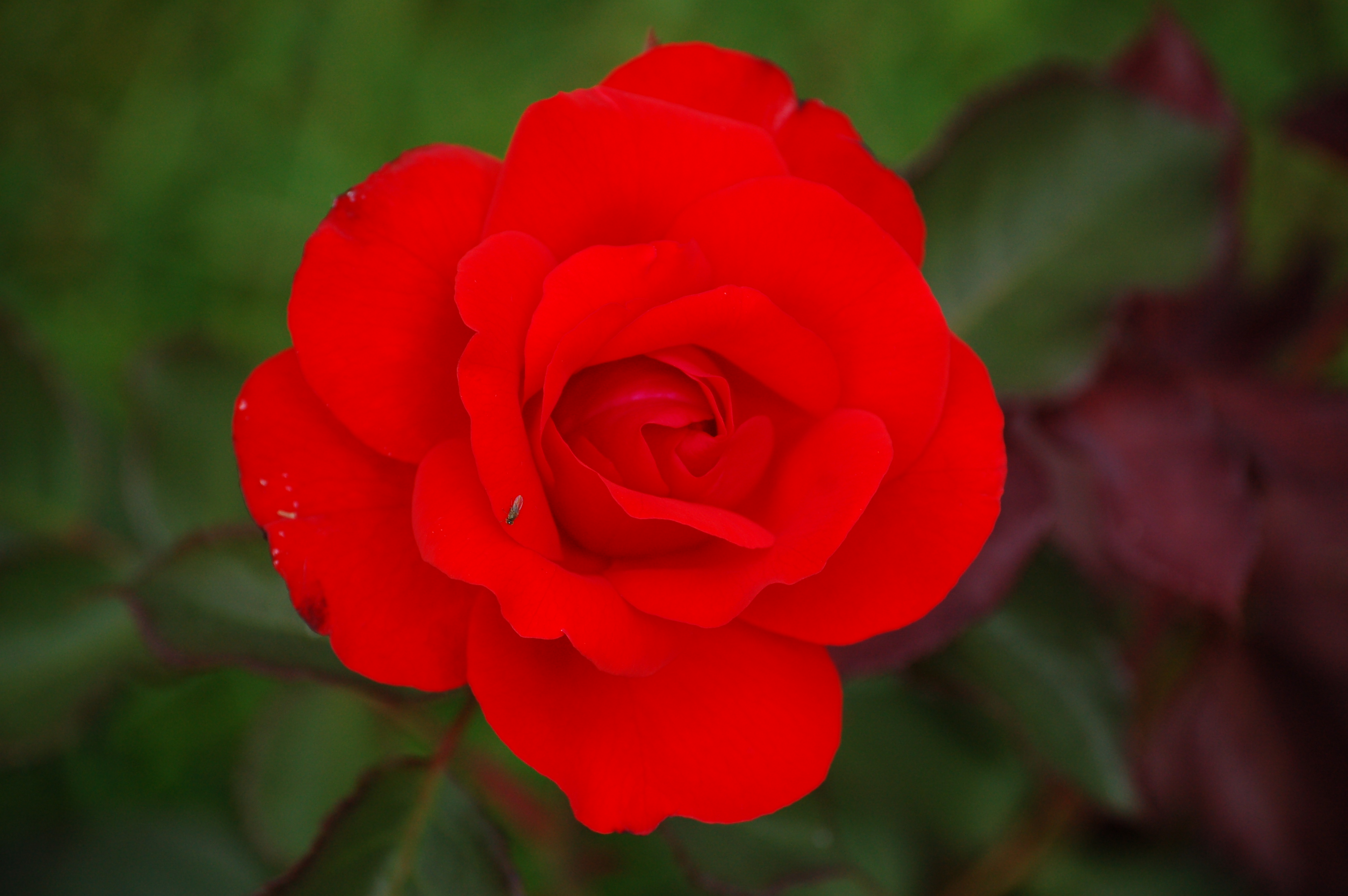
‘Stadt Eltville’, Tantau, 1990
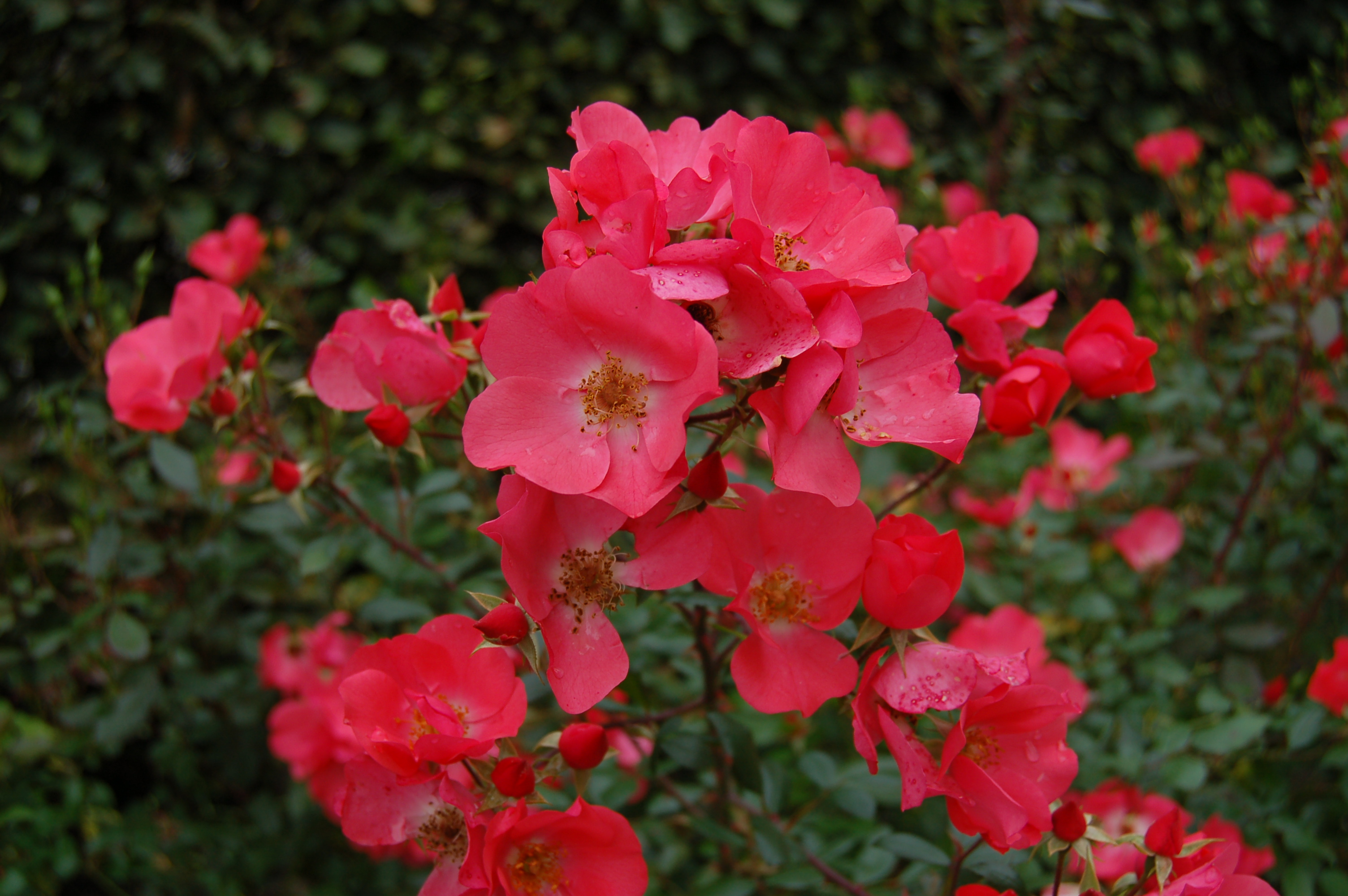
‘Stadt Hildesheim’, Meilland, 1995
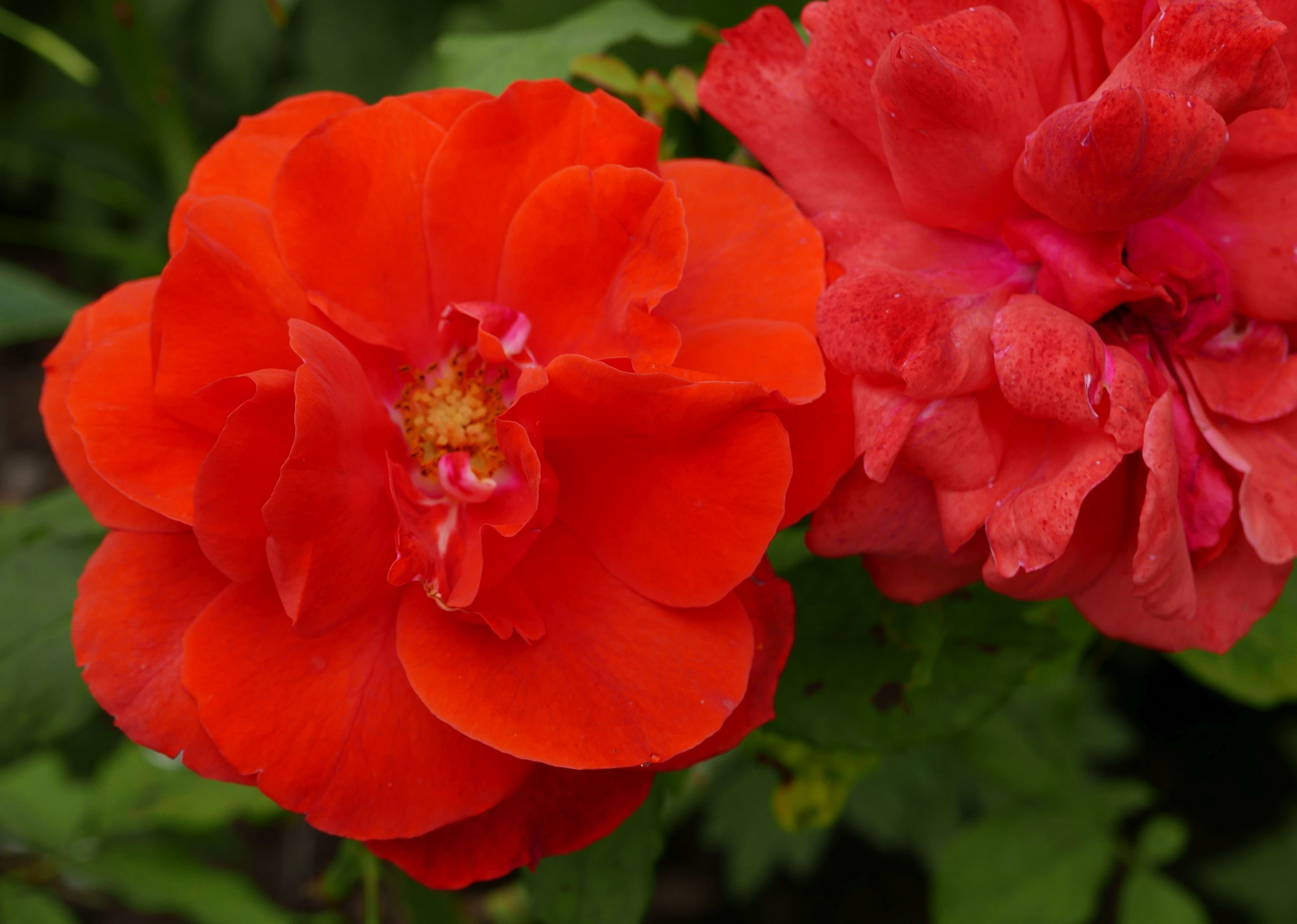
‘Stadt Kiel’, Kordes, 1962
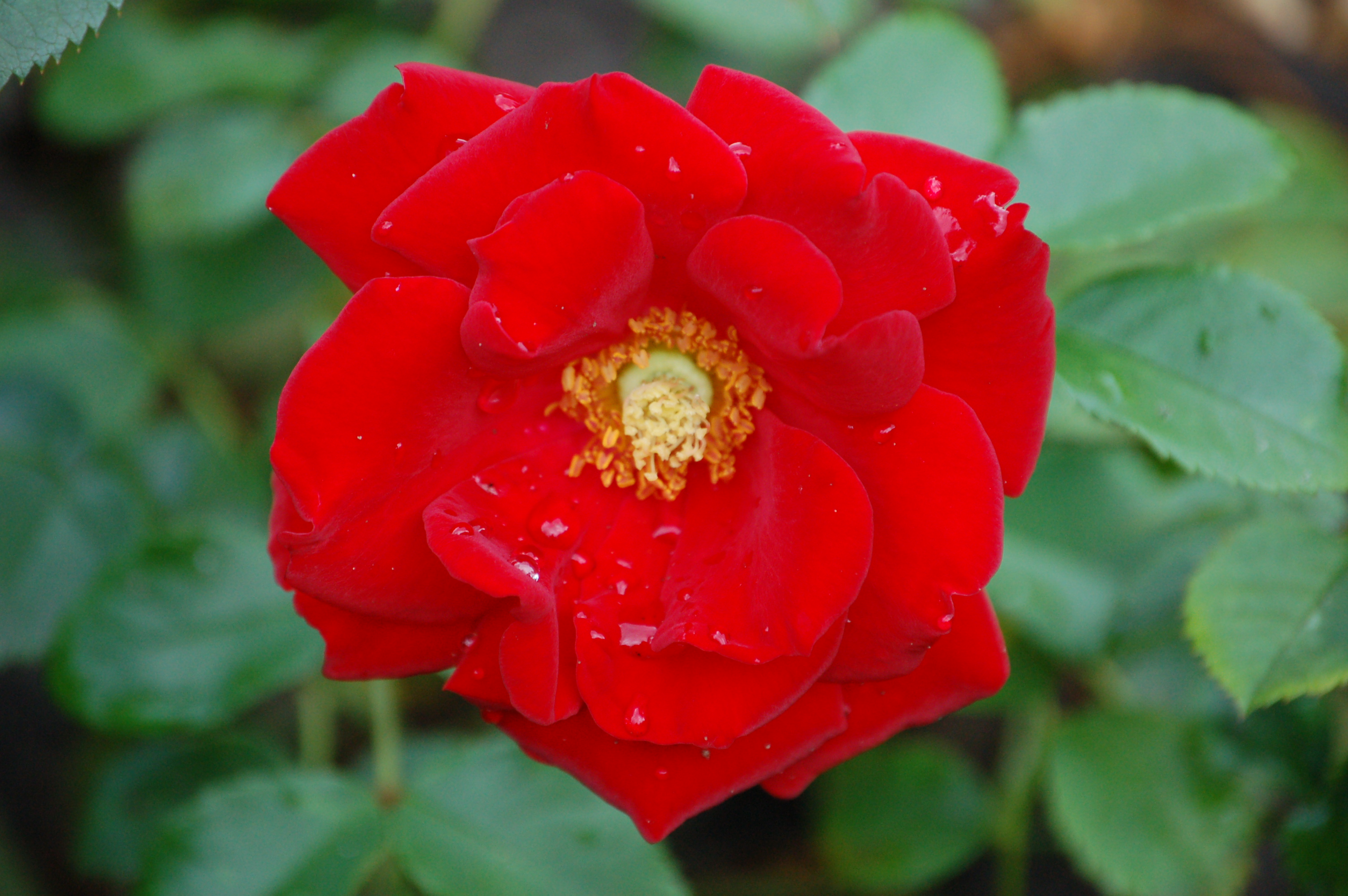
‘Stadt Potsdam’, Tantau, 2000
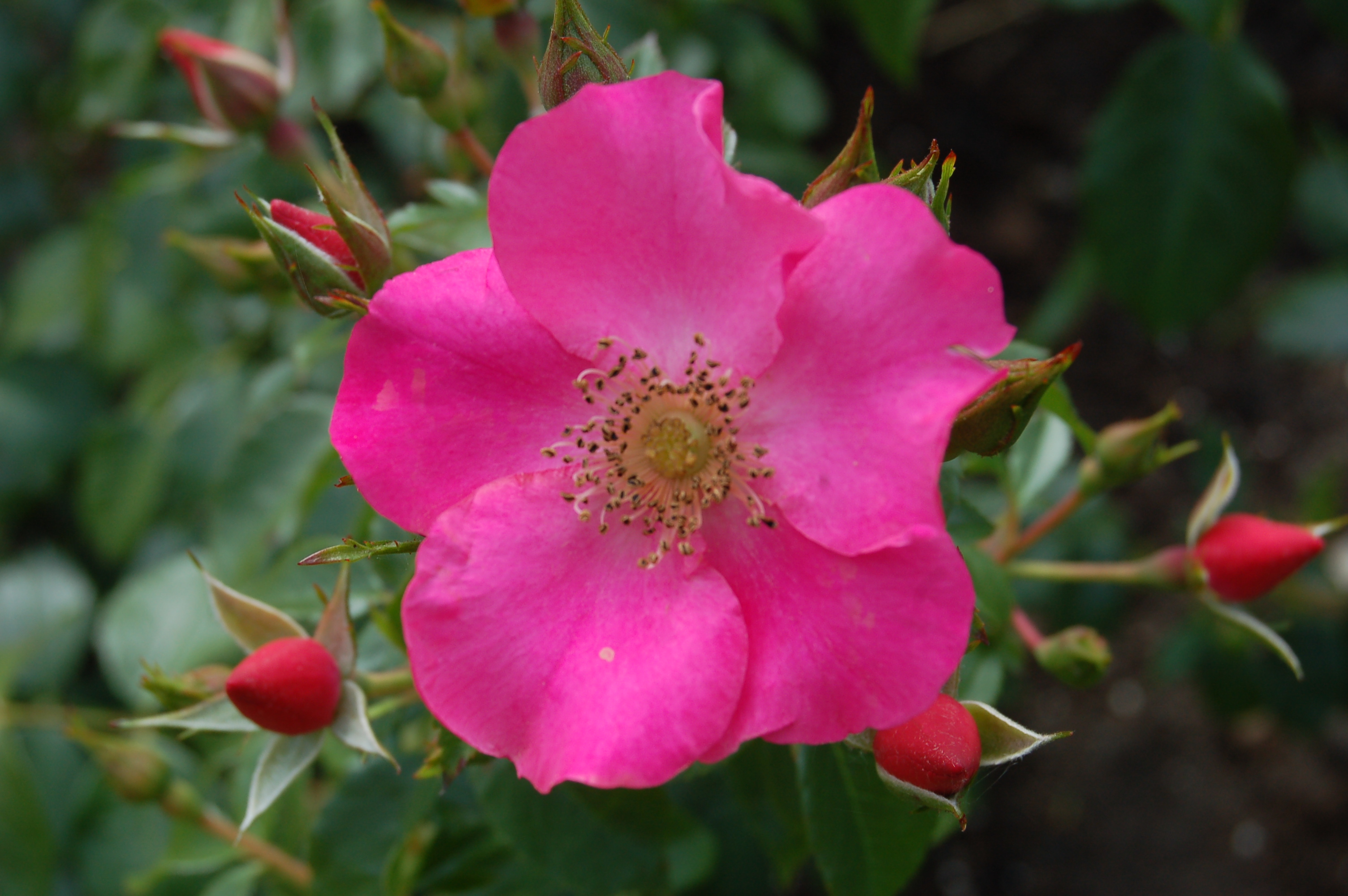
‘Stadt Rom’, Tantau, 2007
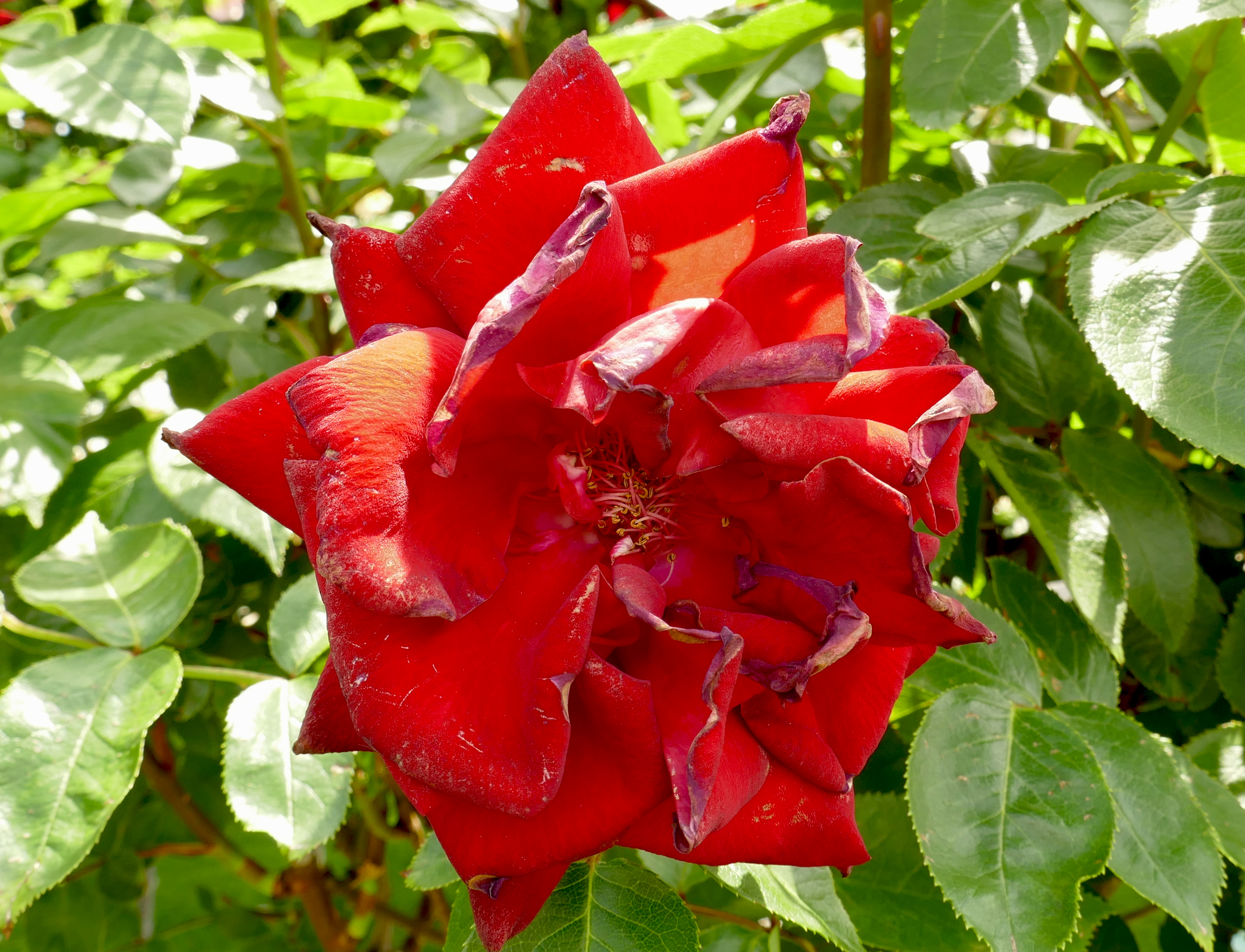
‘Stadt Wien’, Kordes, 1984
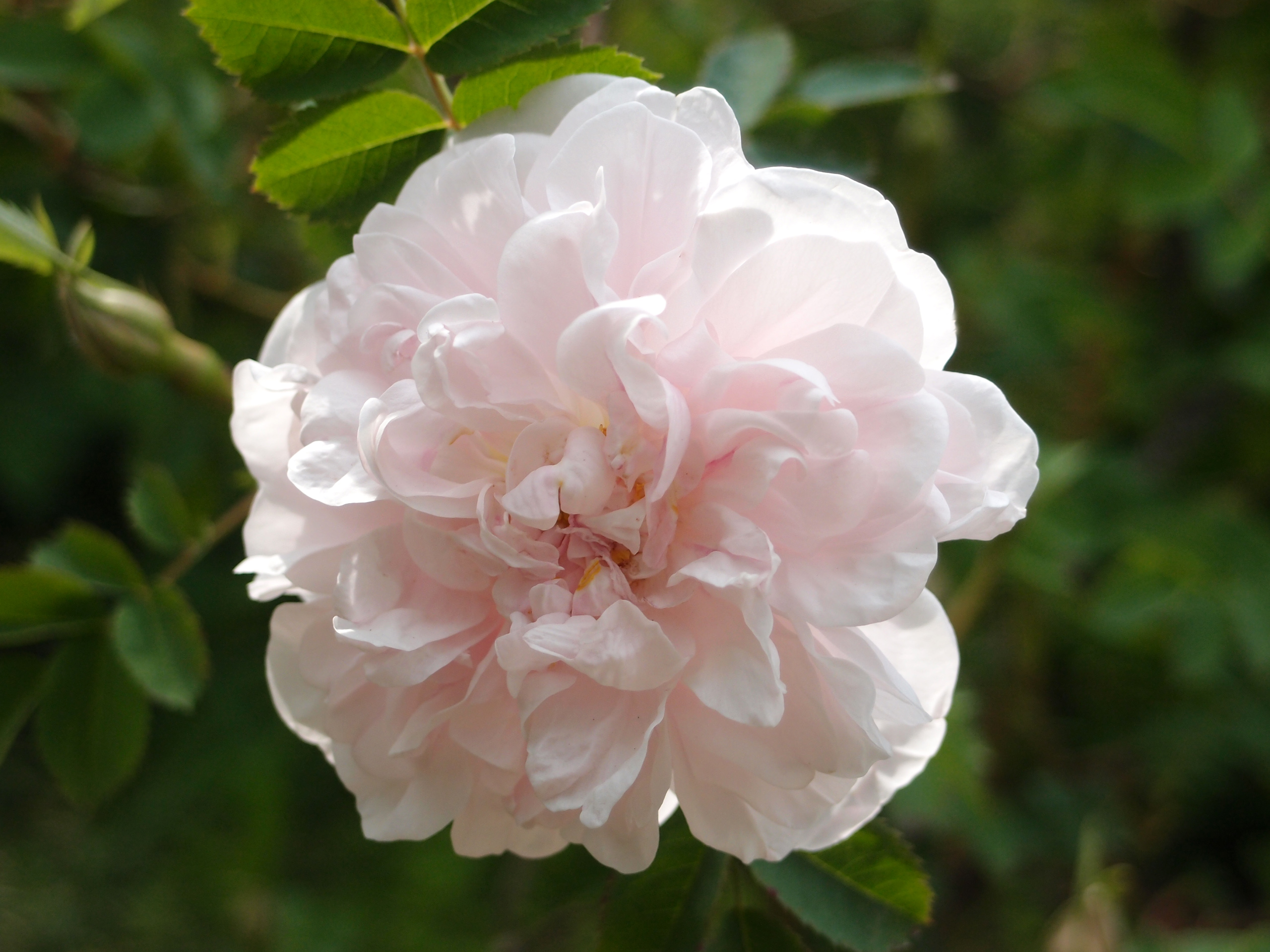
‘Stanwell Perpetual’, James Lee, 1838
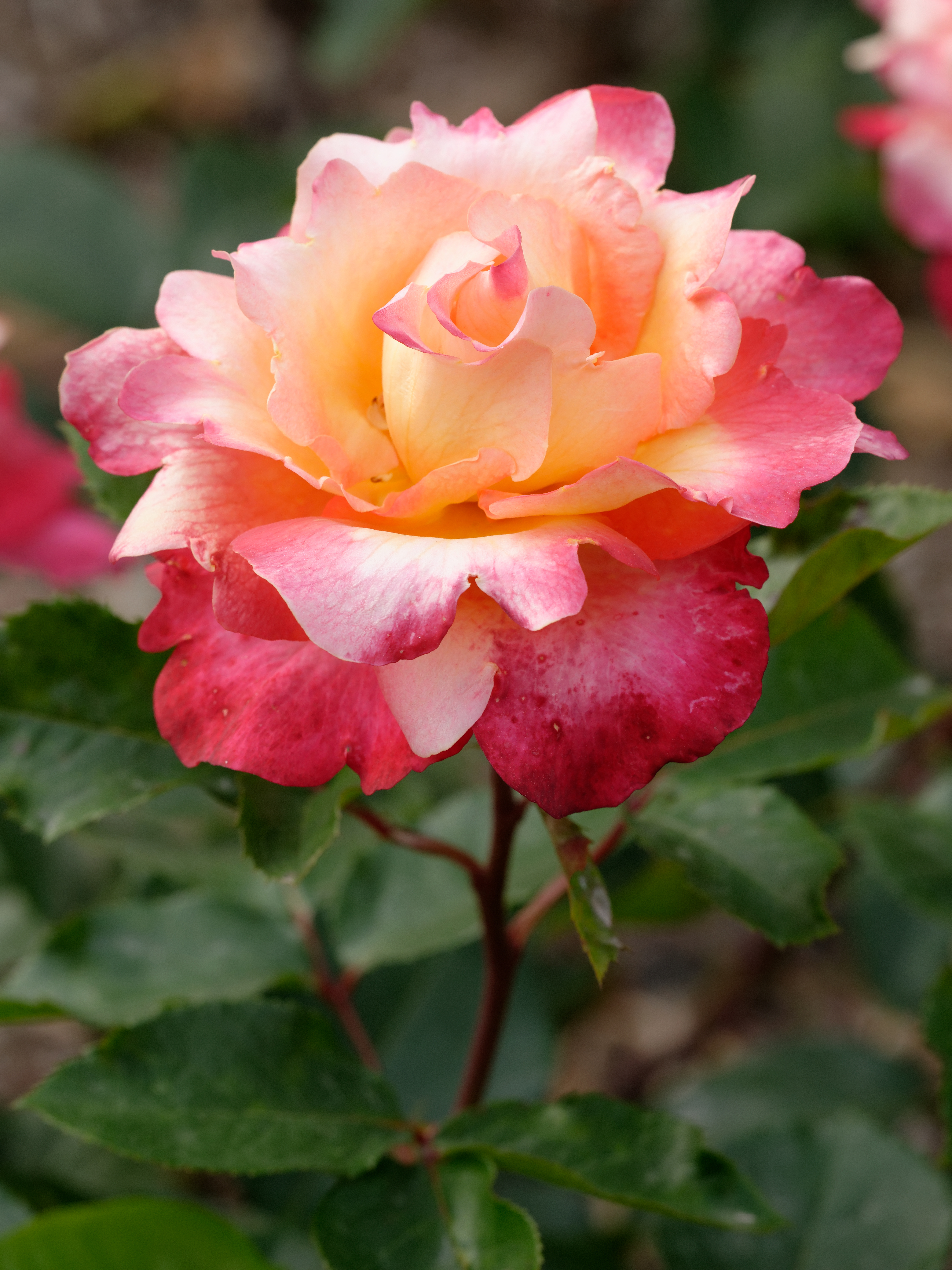
‘Starion’, François Dorieux II, 1987
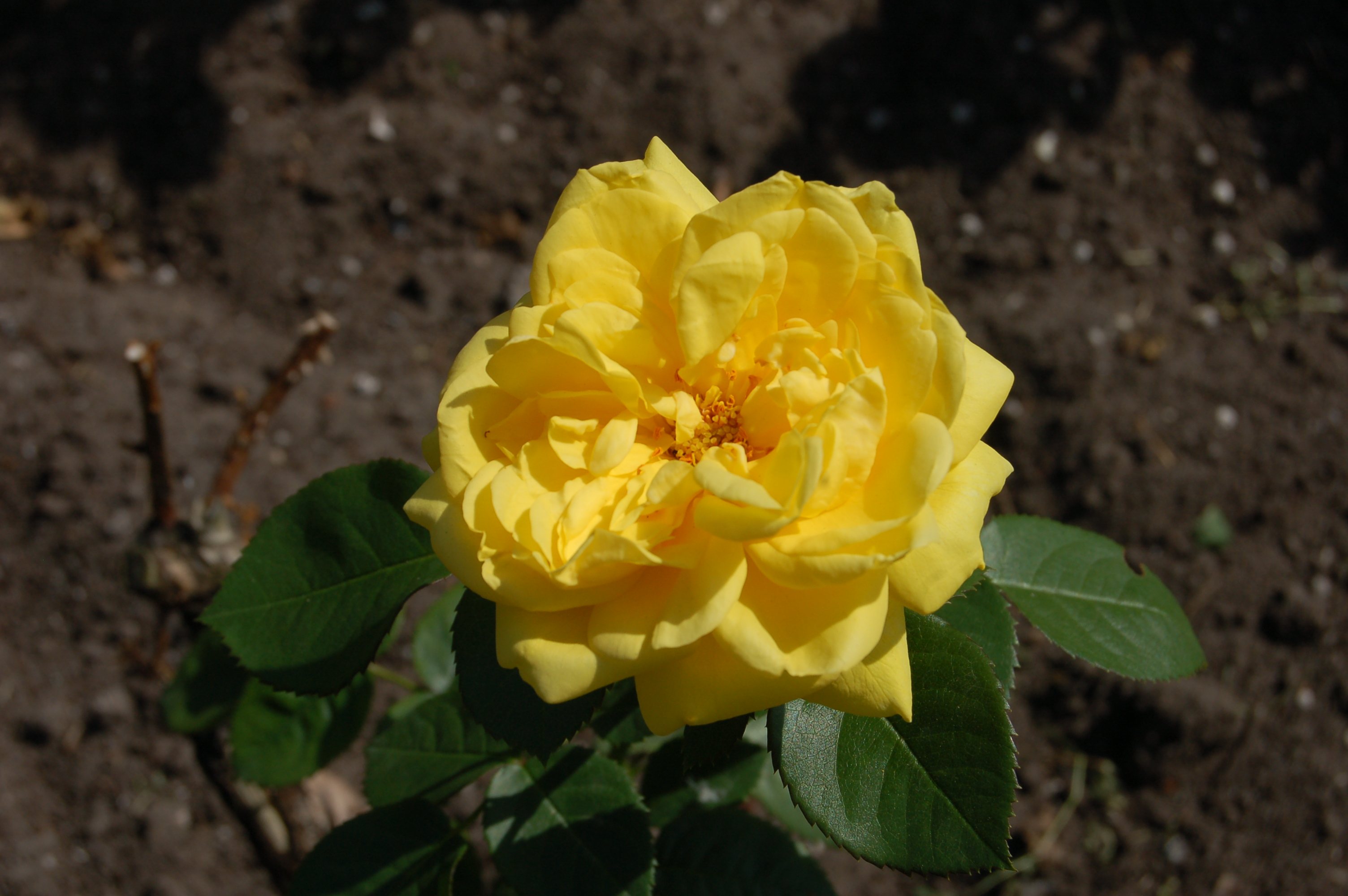
‘Starlite’, Meilland/Strobel, 1989
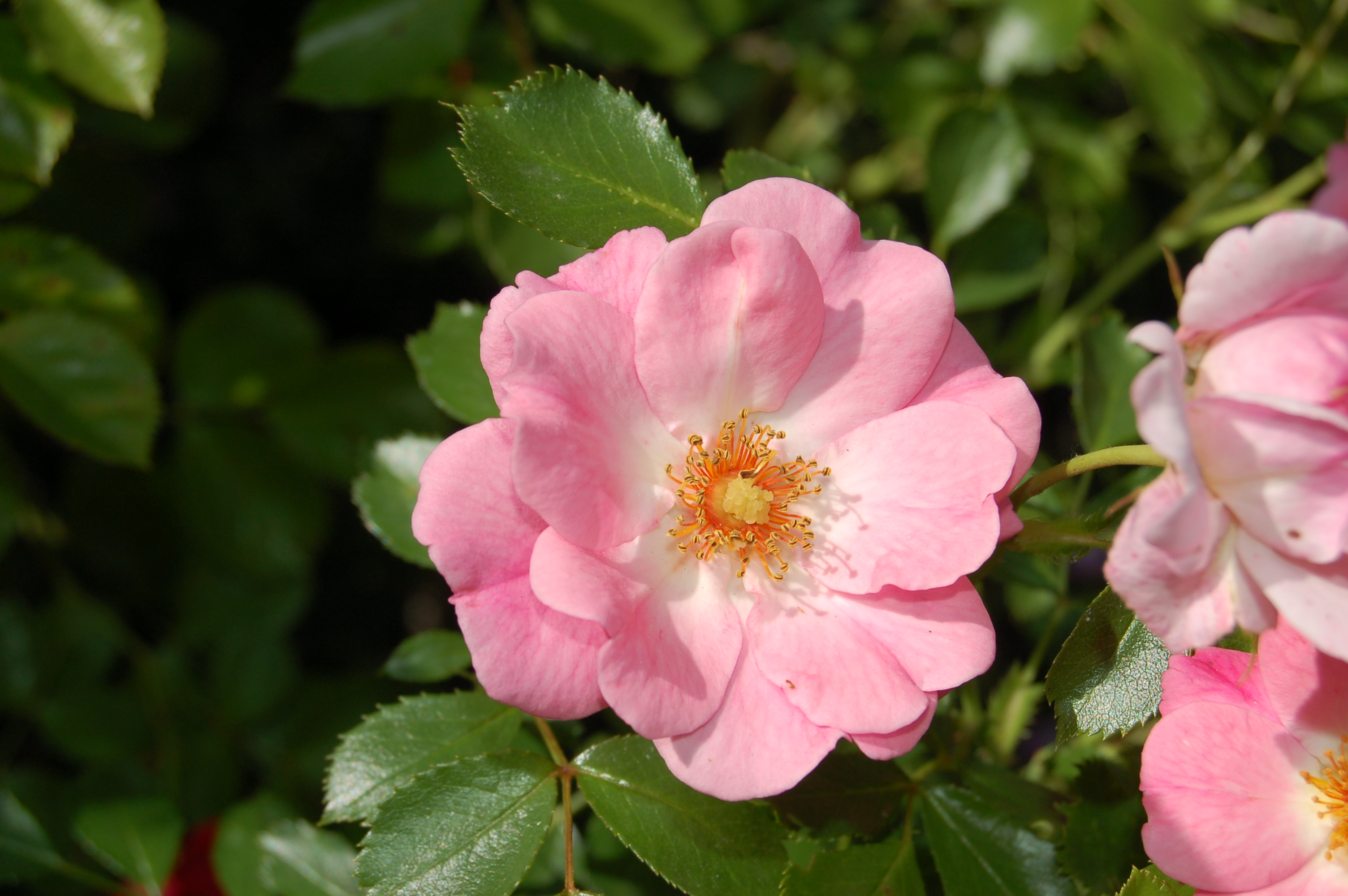
‘Stella’, M. Tantau jun., 1979
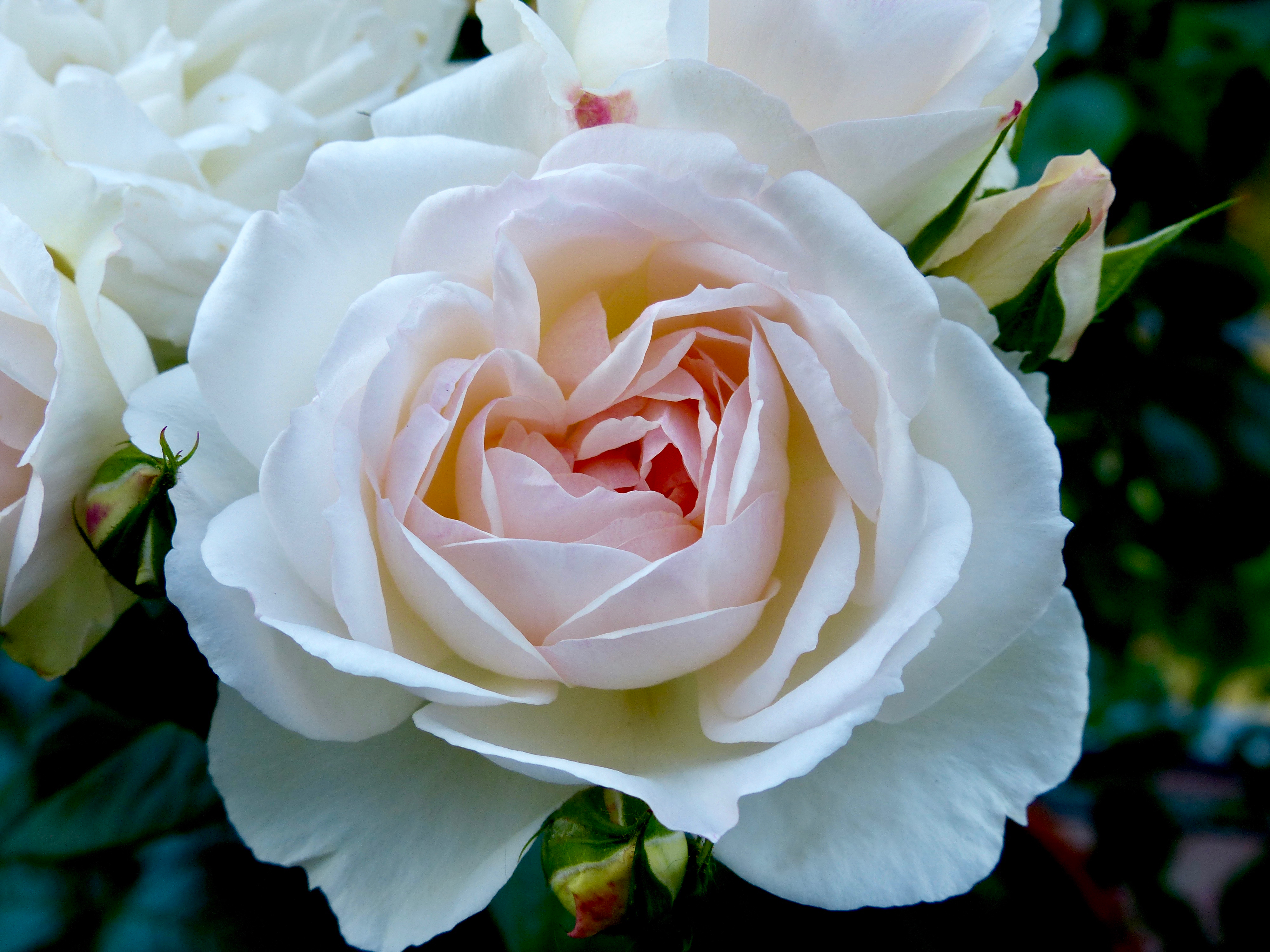
‘Stephanie Baronin zu Guttenberg’, Tantau, 2011
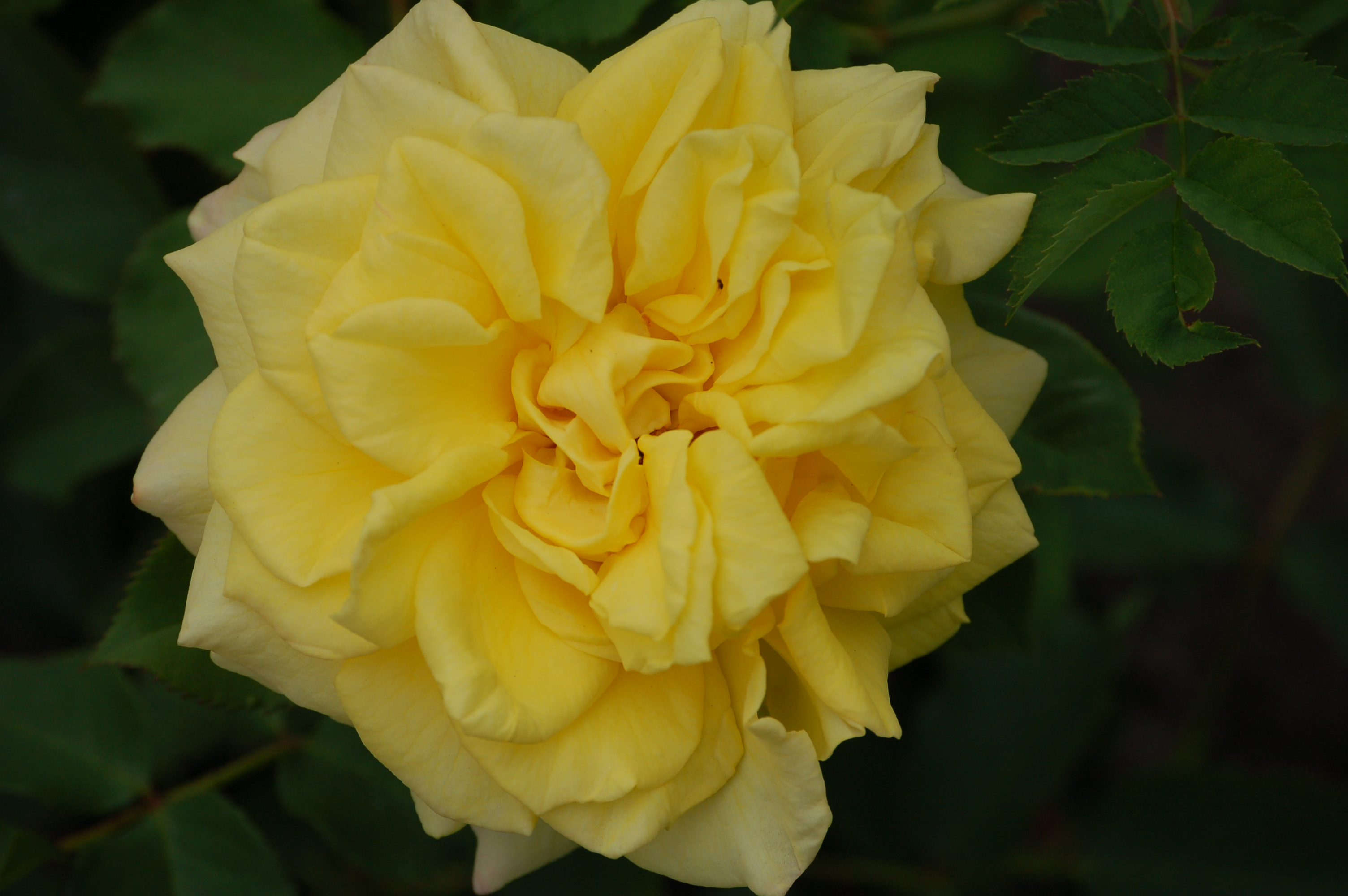
‘Sterntaler’, Kordes, 2004
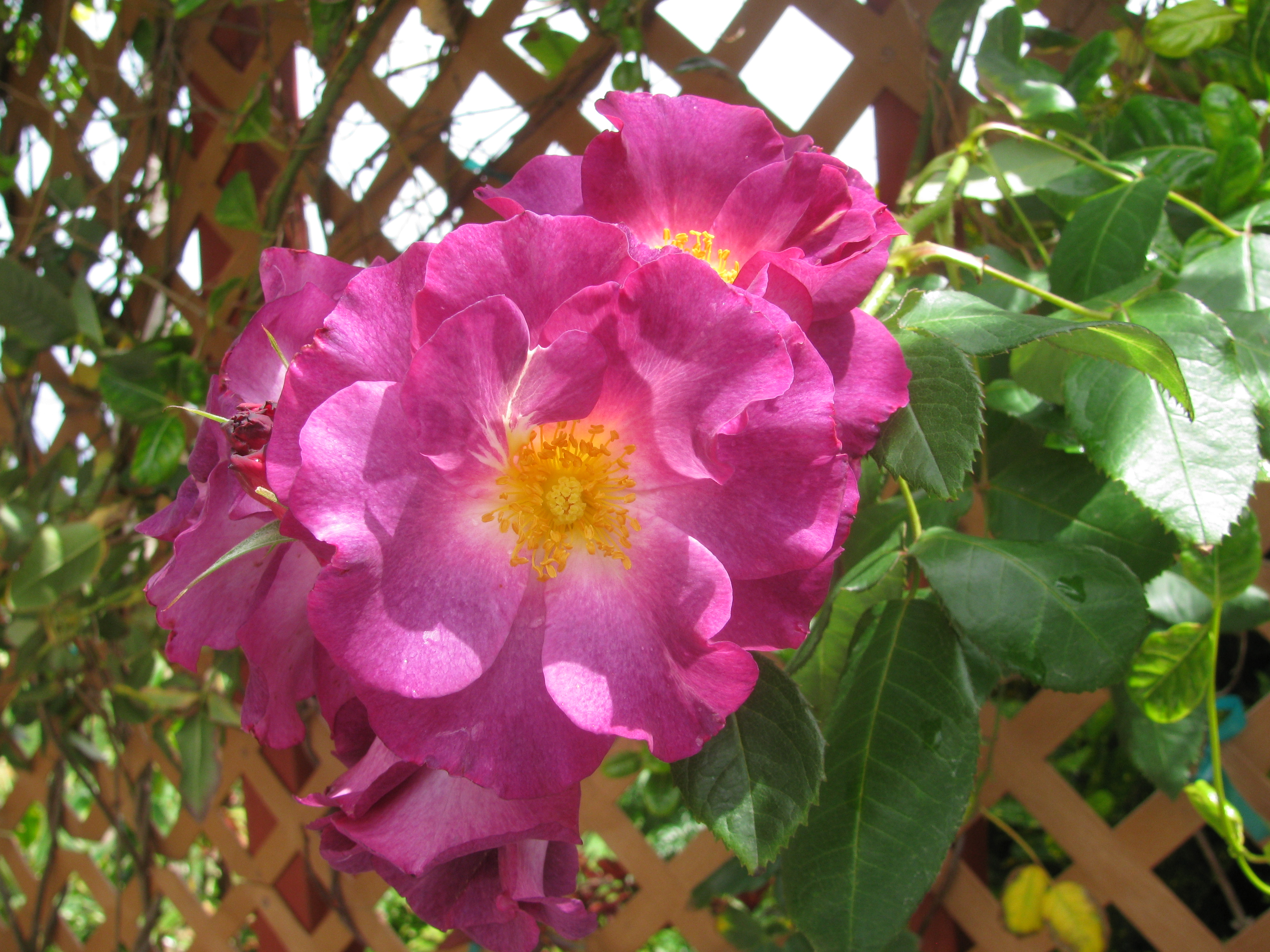
‘Stormy Weather’, Pierre Orard, 2010
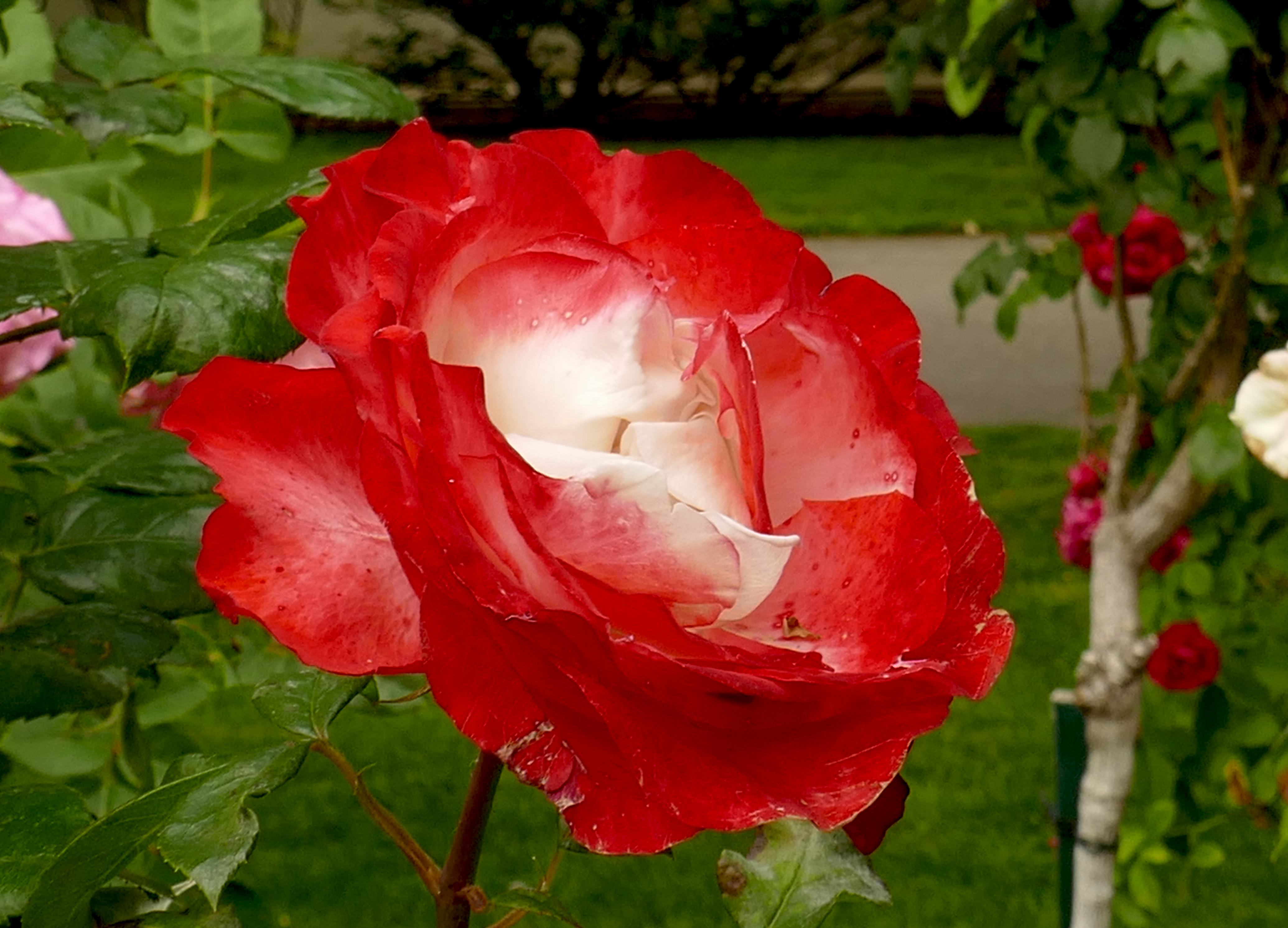
‘Störtebeker’, Tantau, 2016
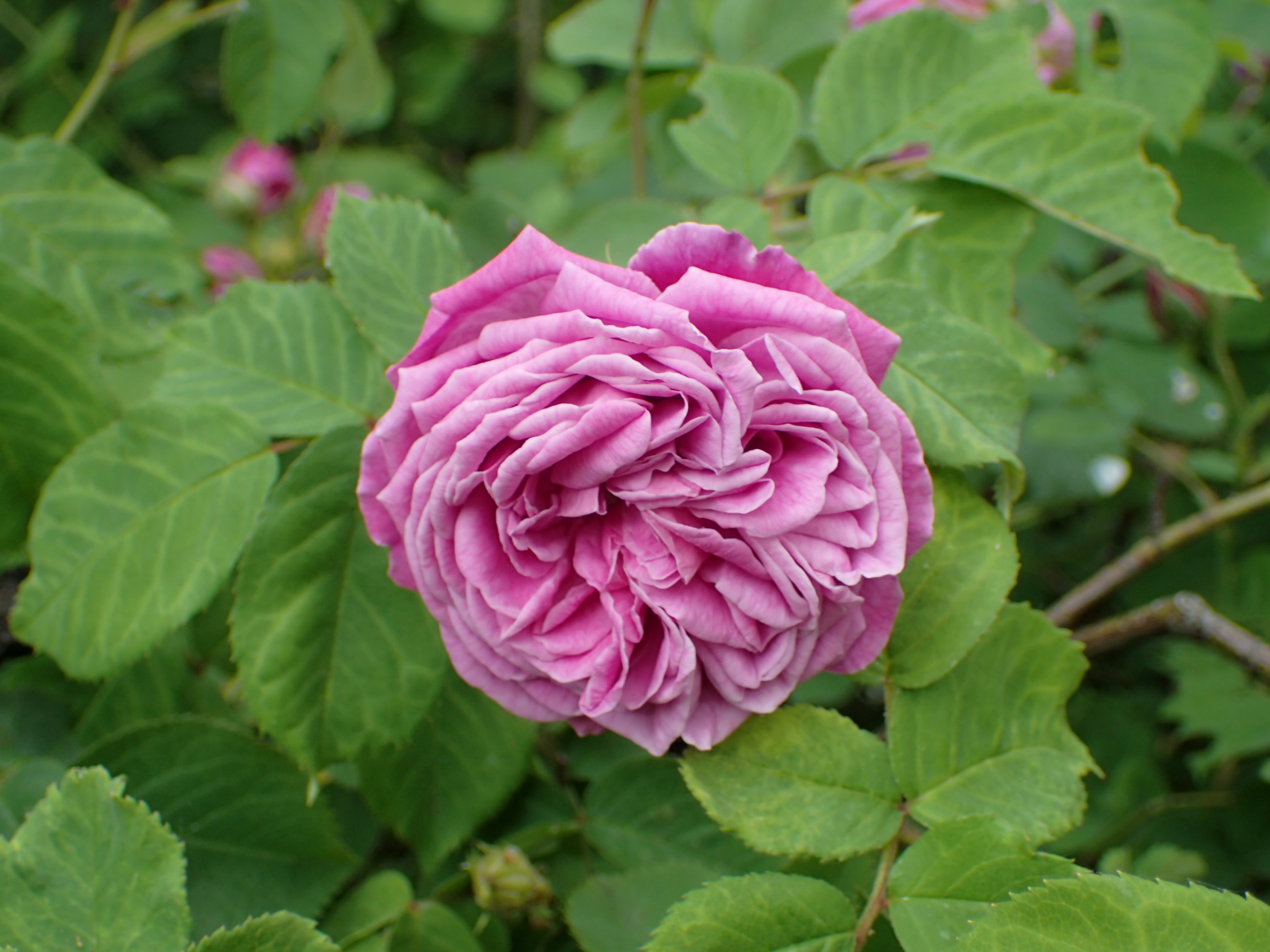
‘Stratosféra’, Jan Böhm, 1934
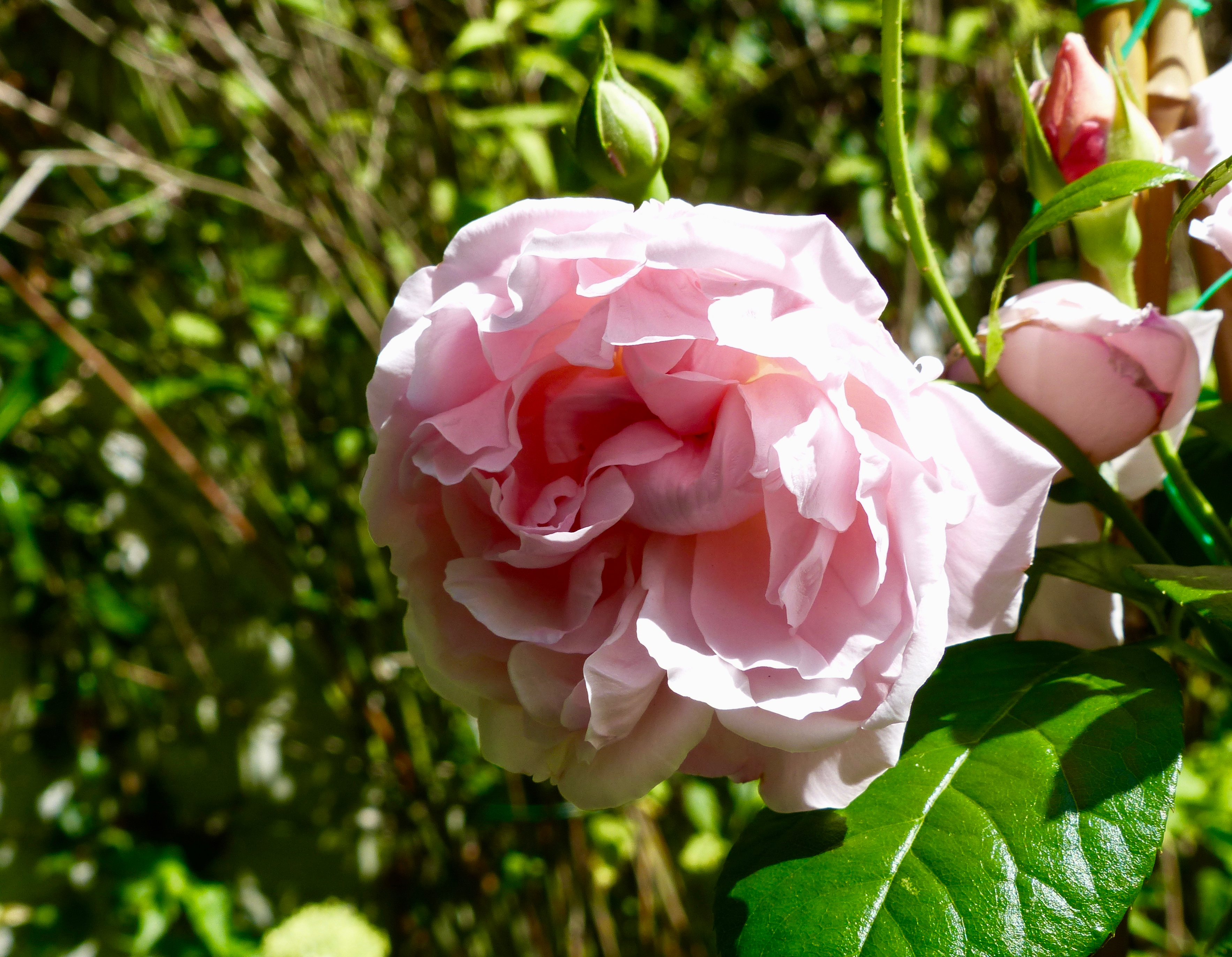
‘Strawberry Hill’, Austin, 2006
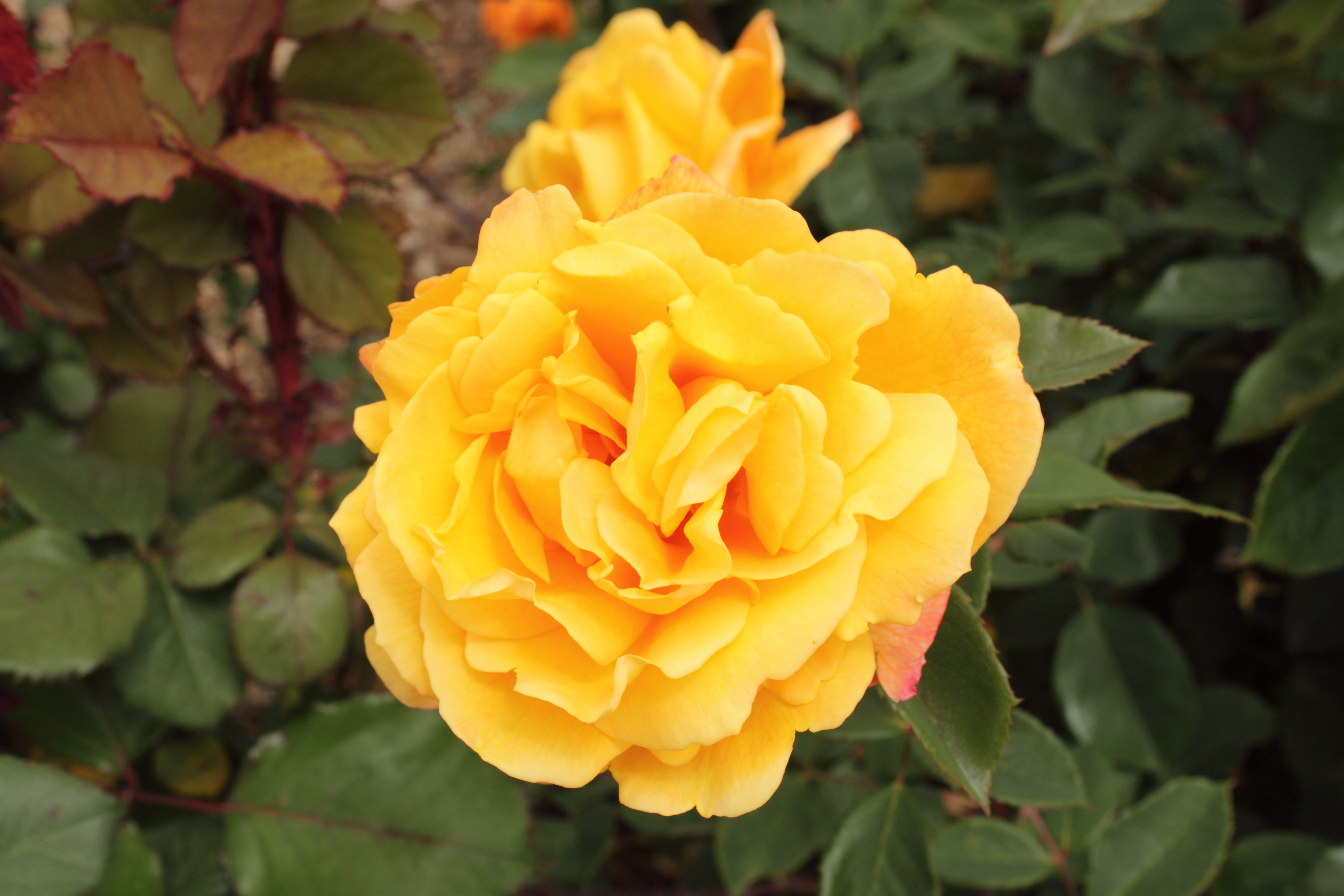
‘Strike It Rich’, Tom Carruth, 2005
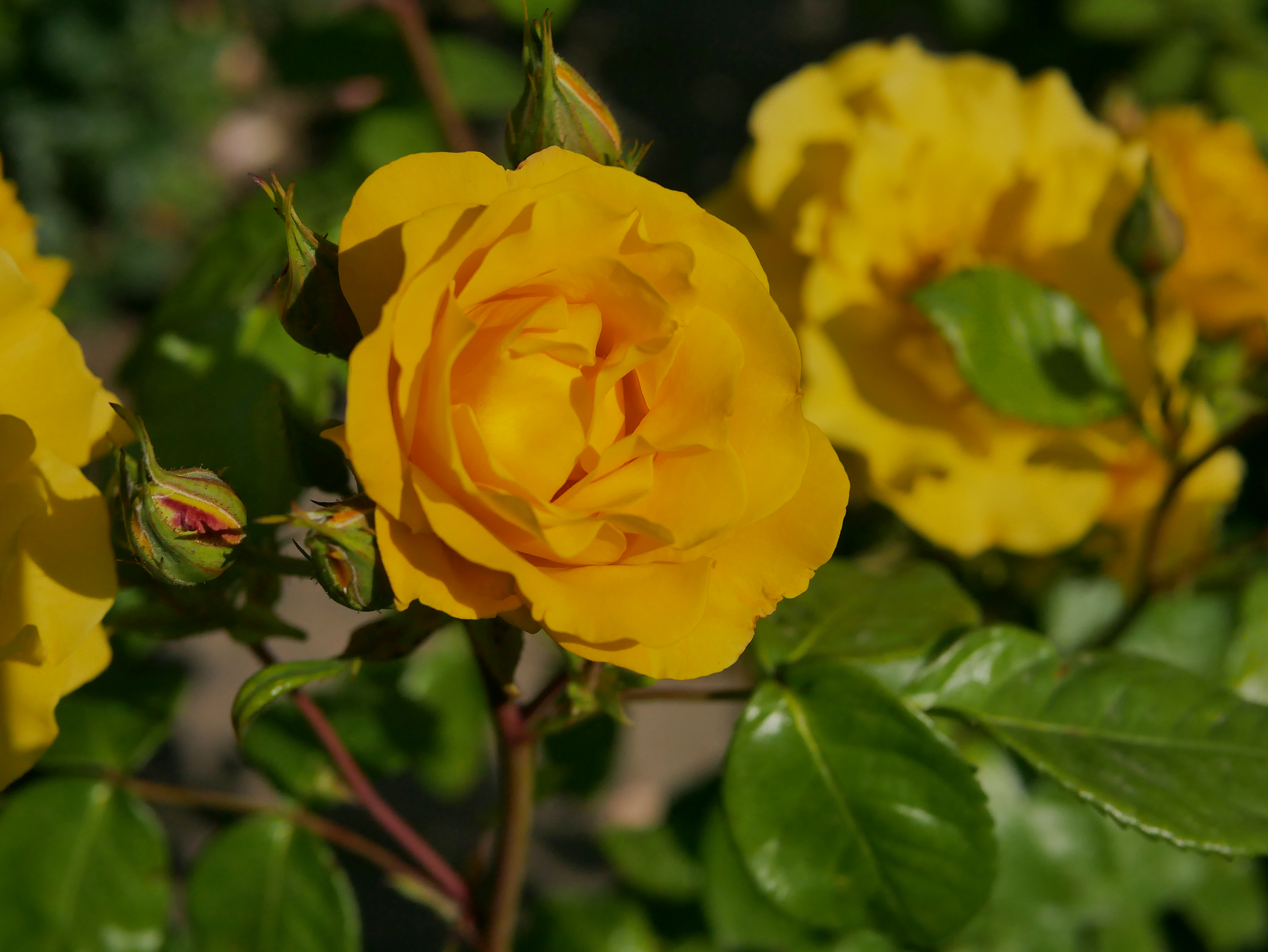
Stuttgardia, Kordes
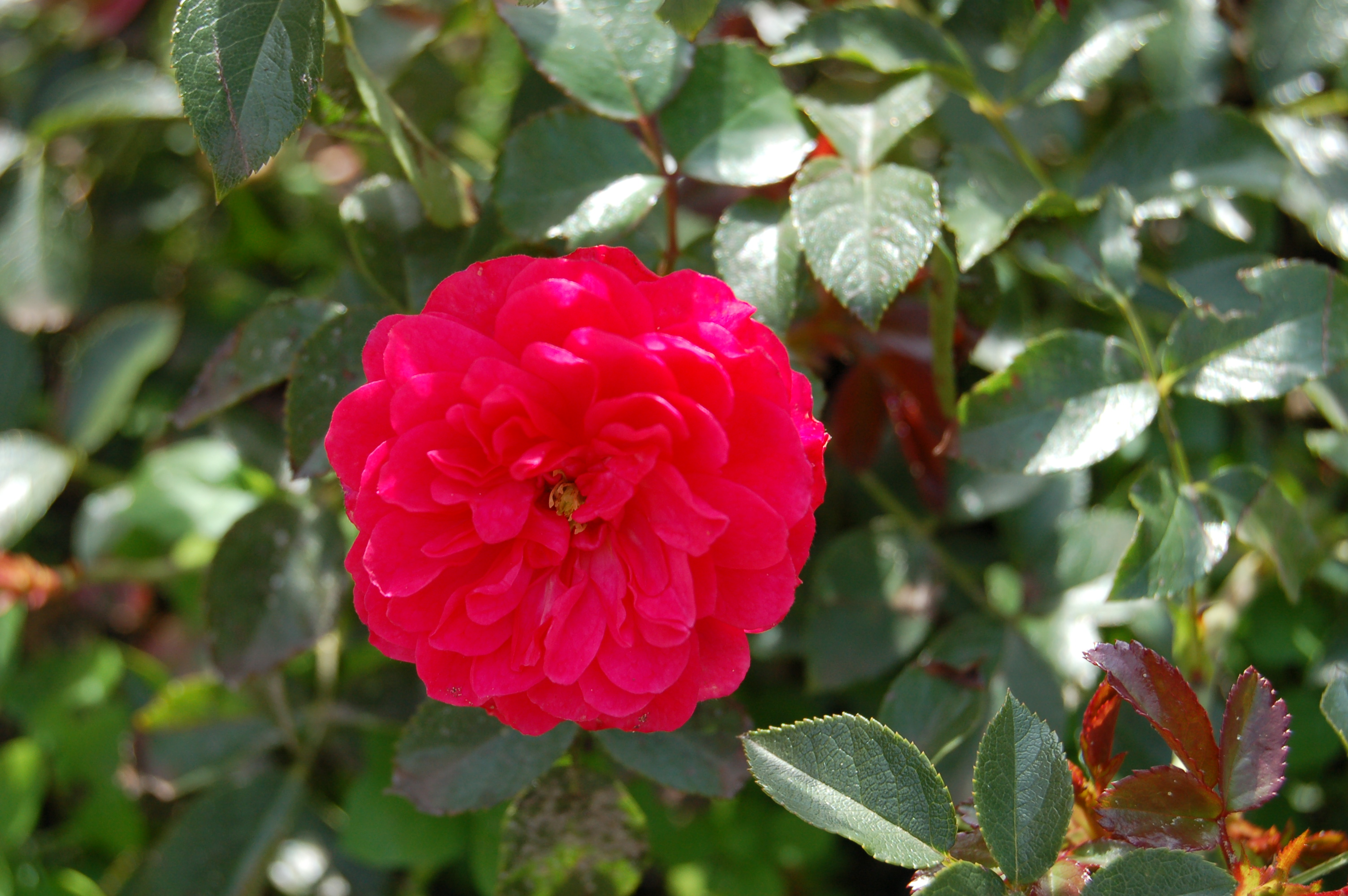
‘Sublime’, Tucker, 2003
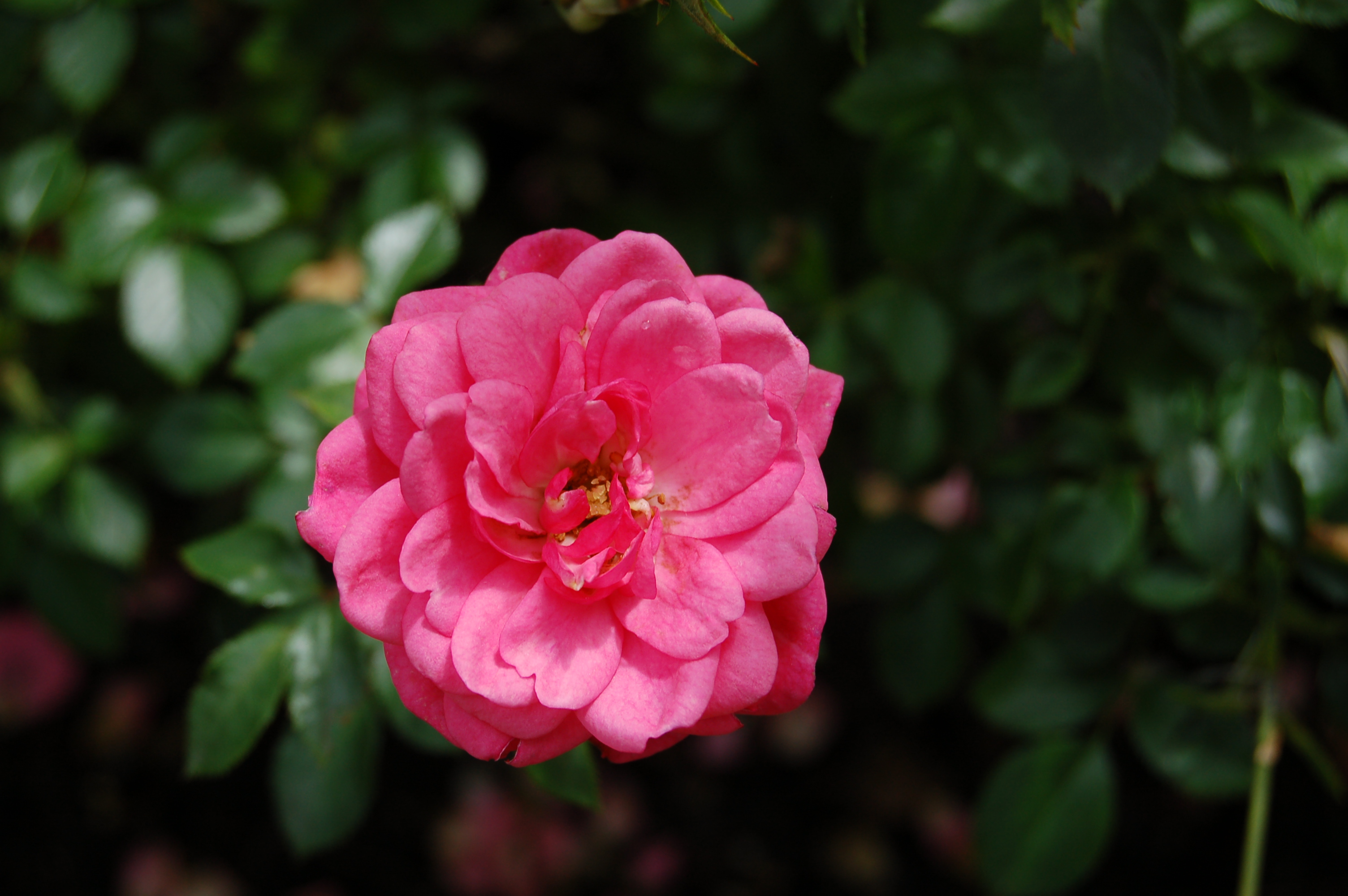
‘Sugar Baby’, Tantau, 1996
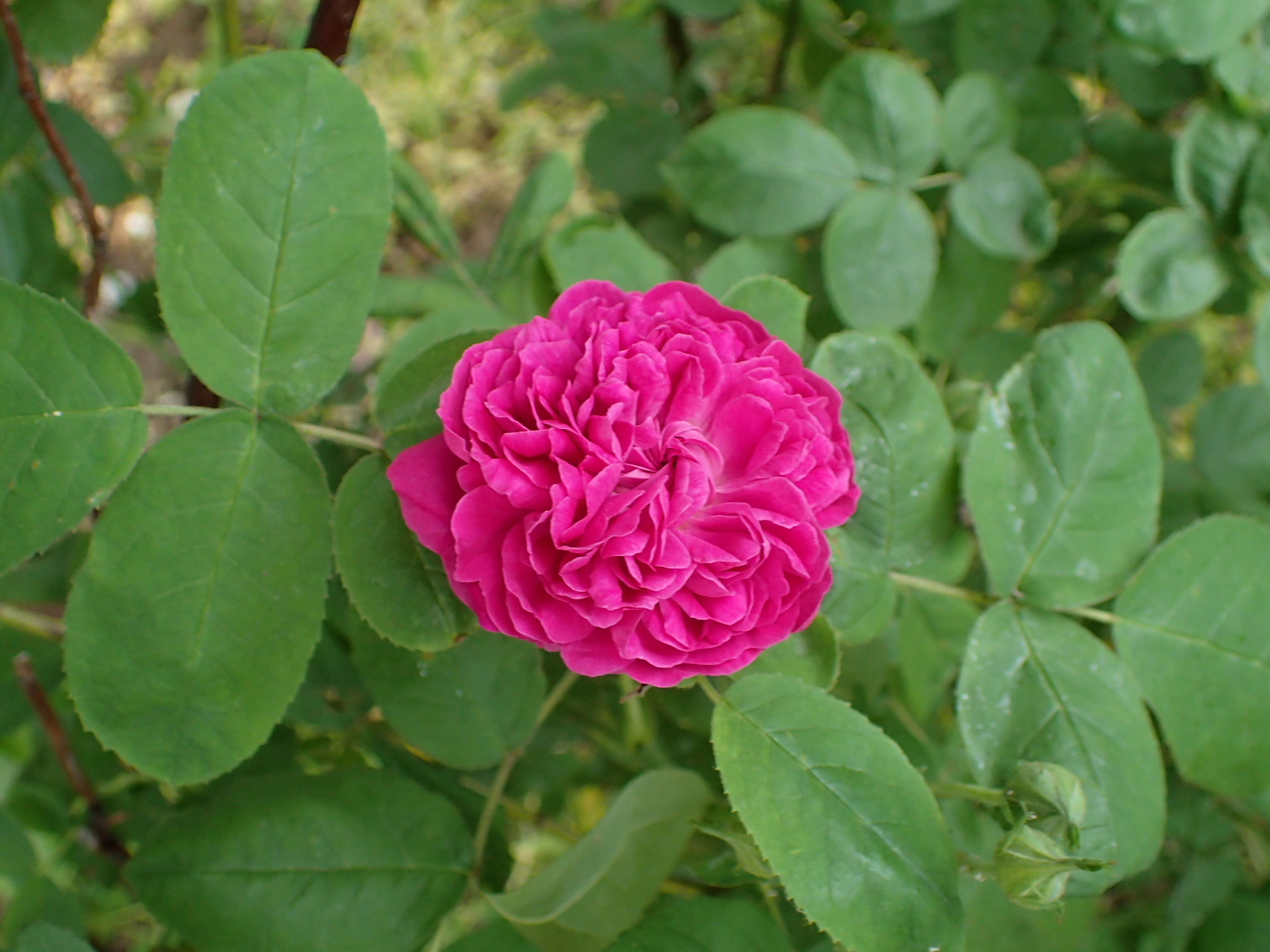
‘Sultana’, ?
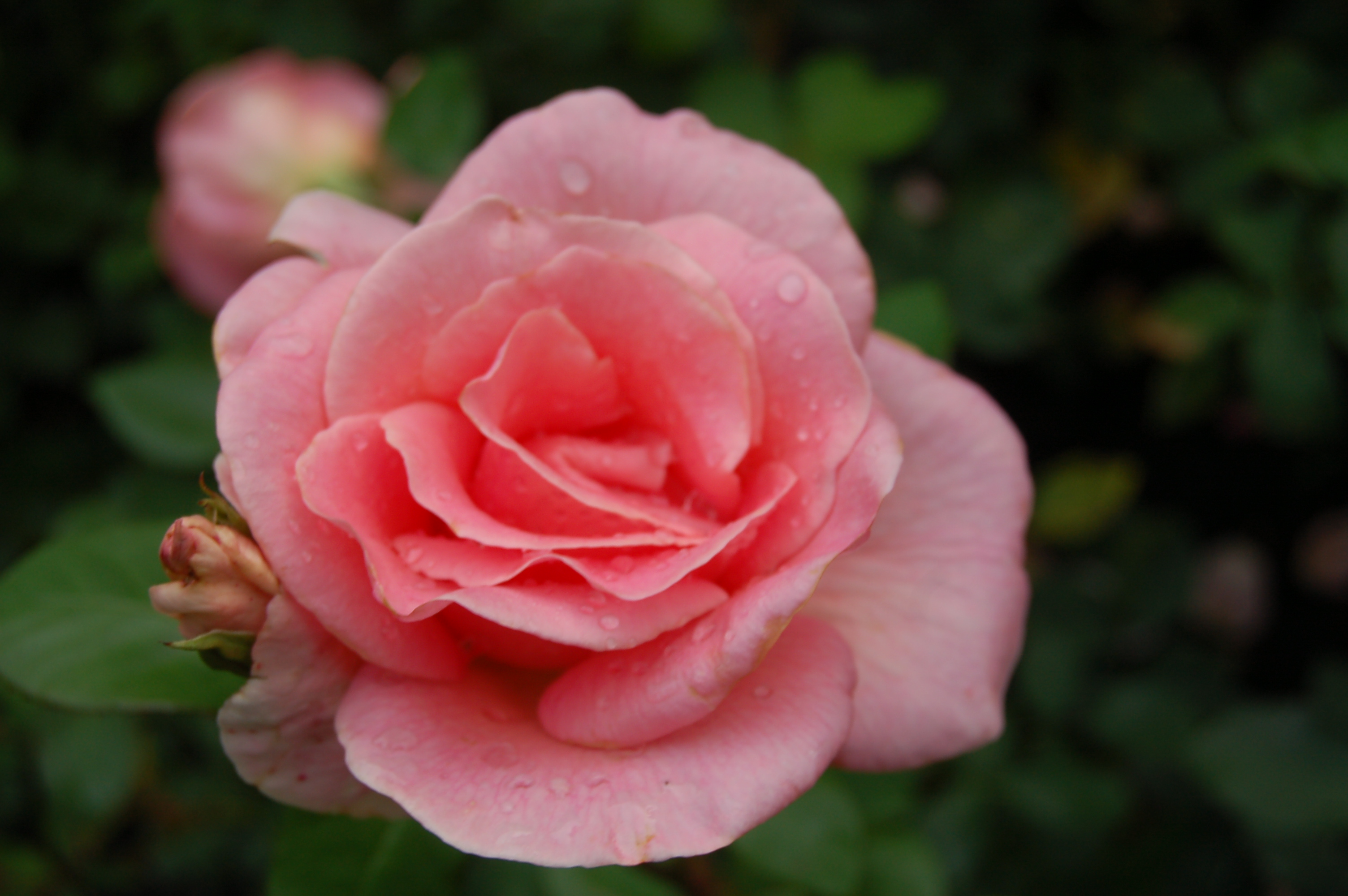
‘Summer Lady’, Tantau, 1991
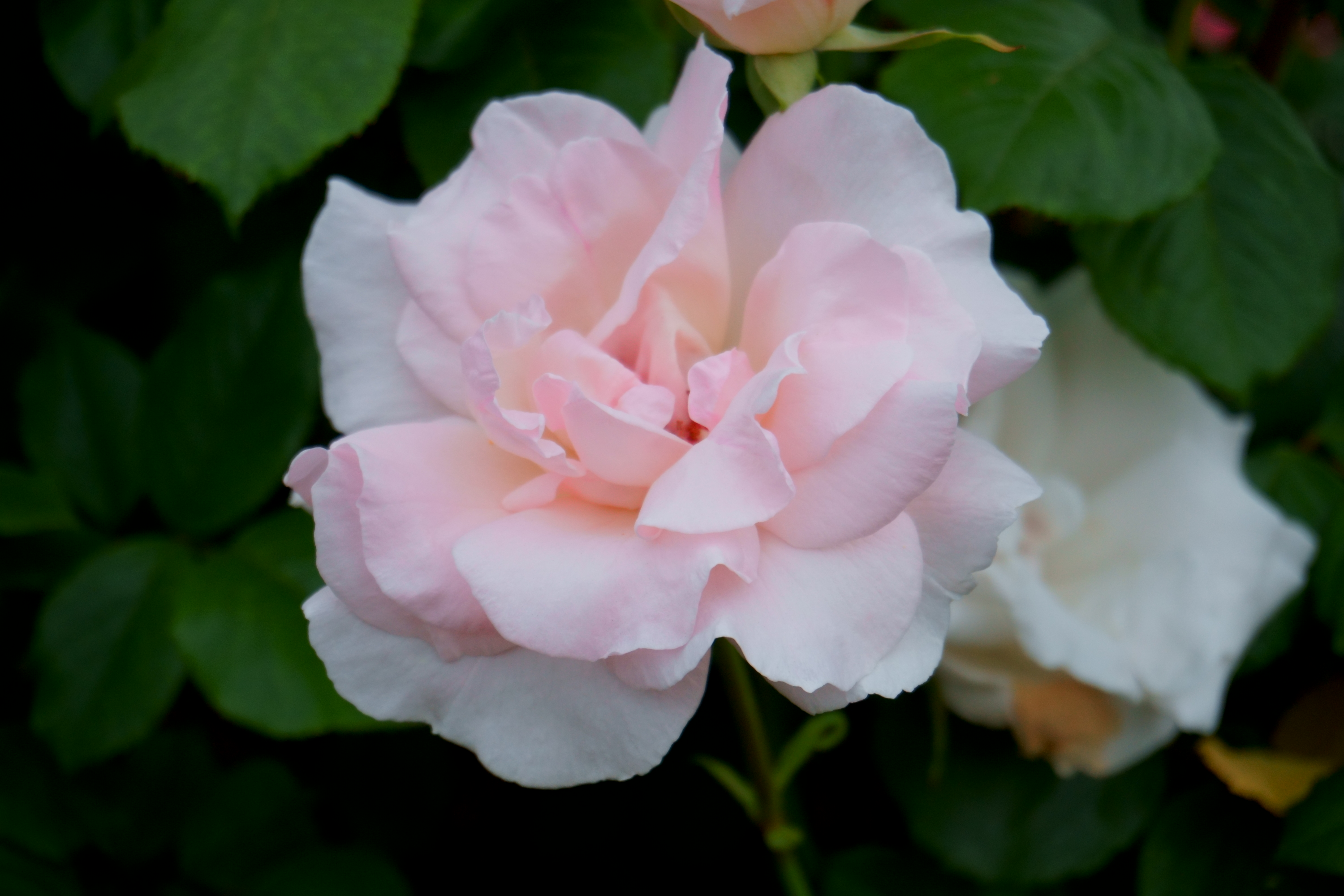
‘Summer Queen’, Hippolyte Delforge, 1964
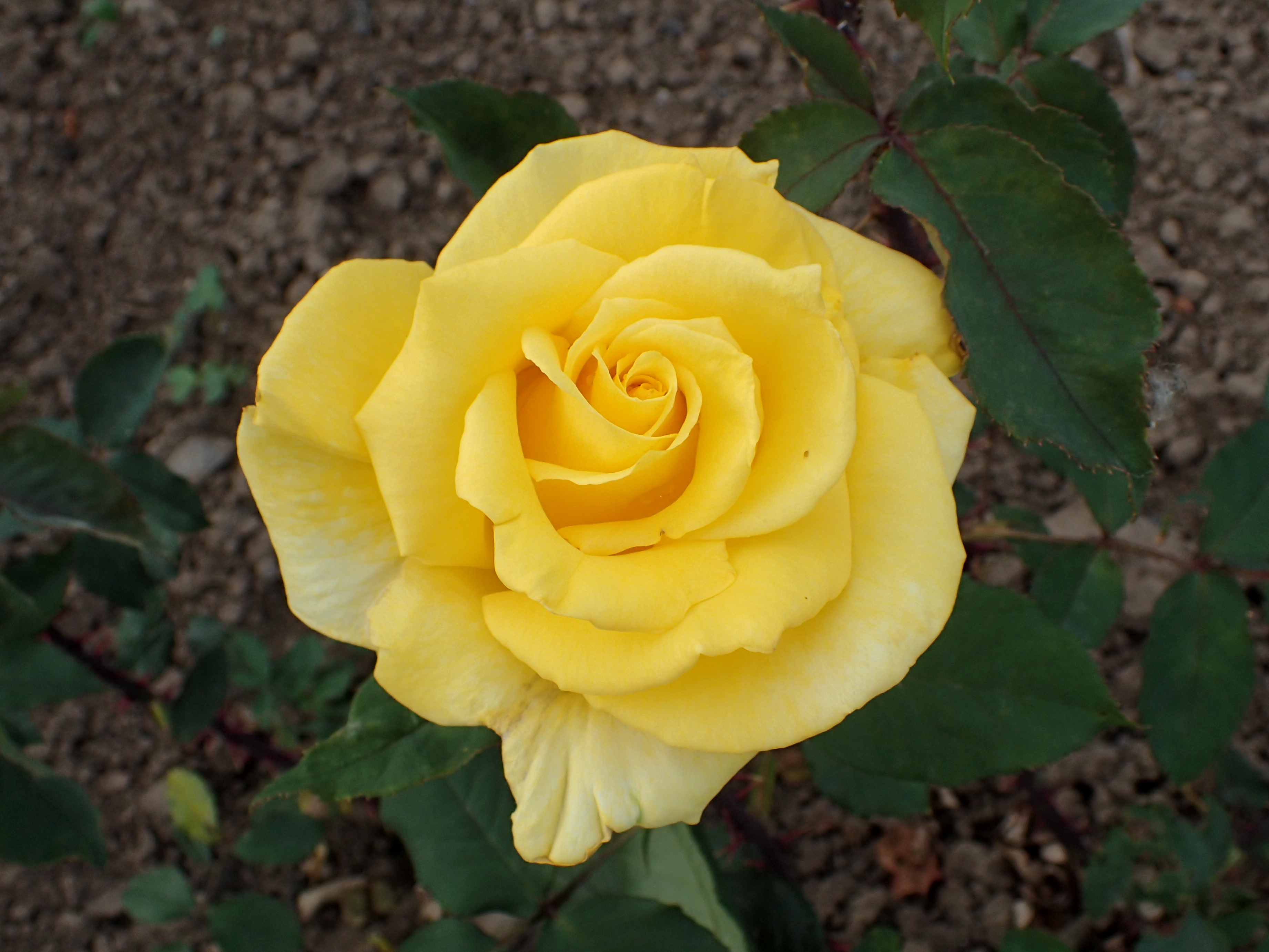
‘Sunbright’, Warriner, 1977
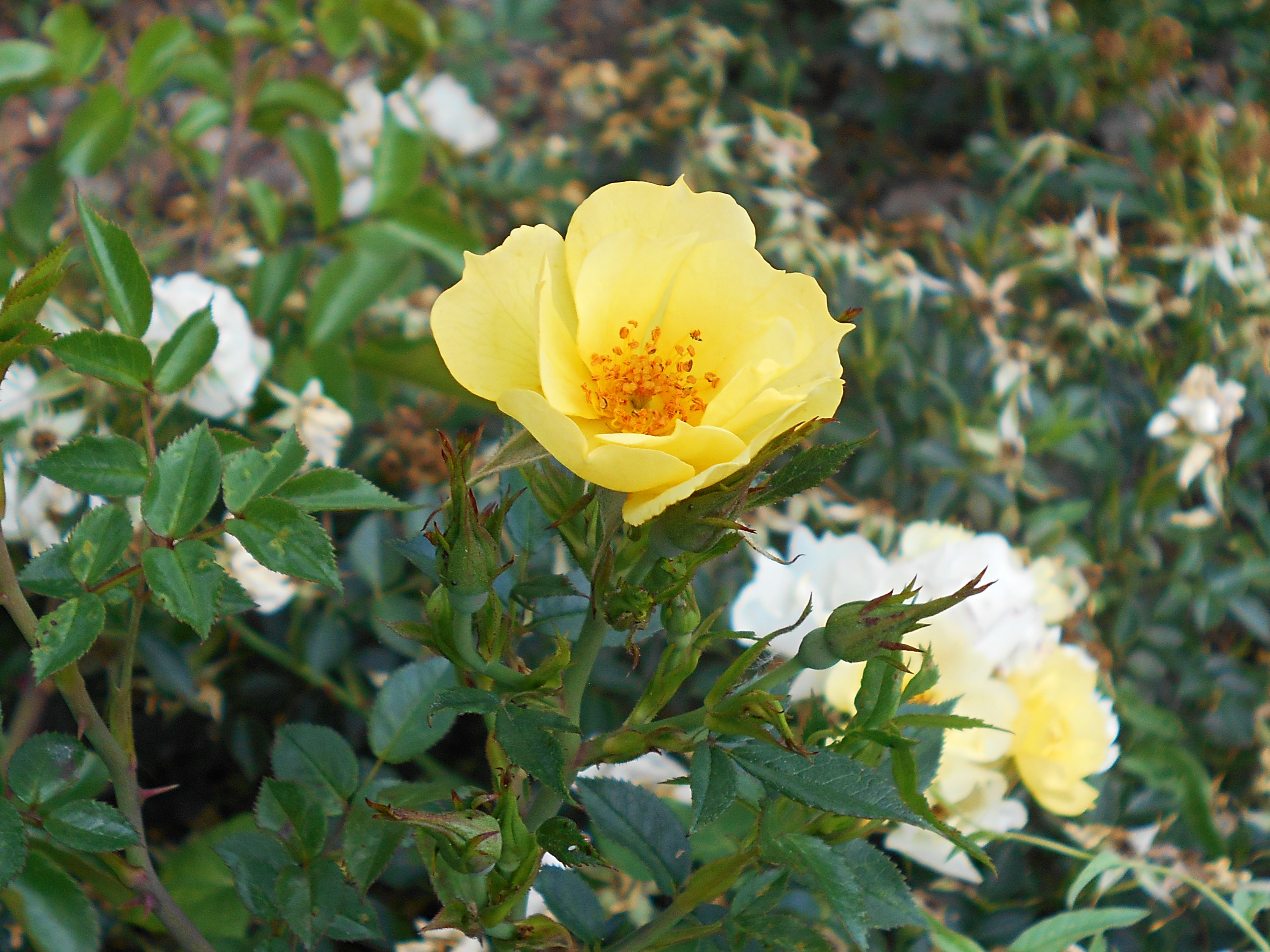
‘Sun Cover’, Olesen/Poulsen, 1994
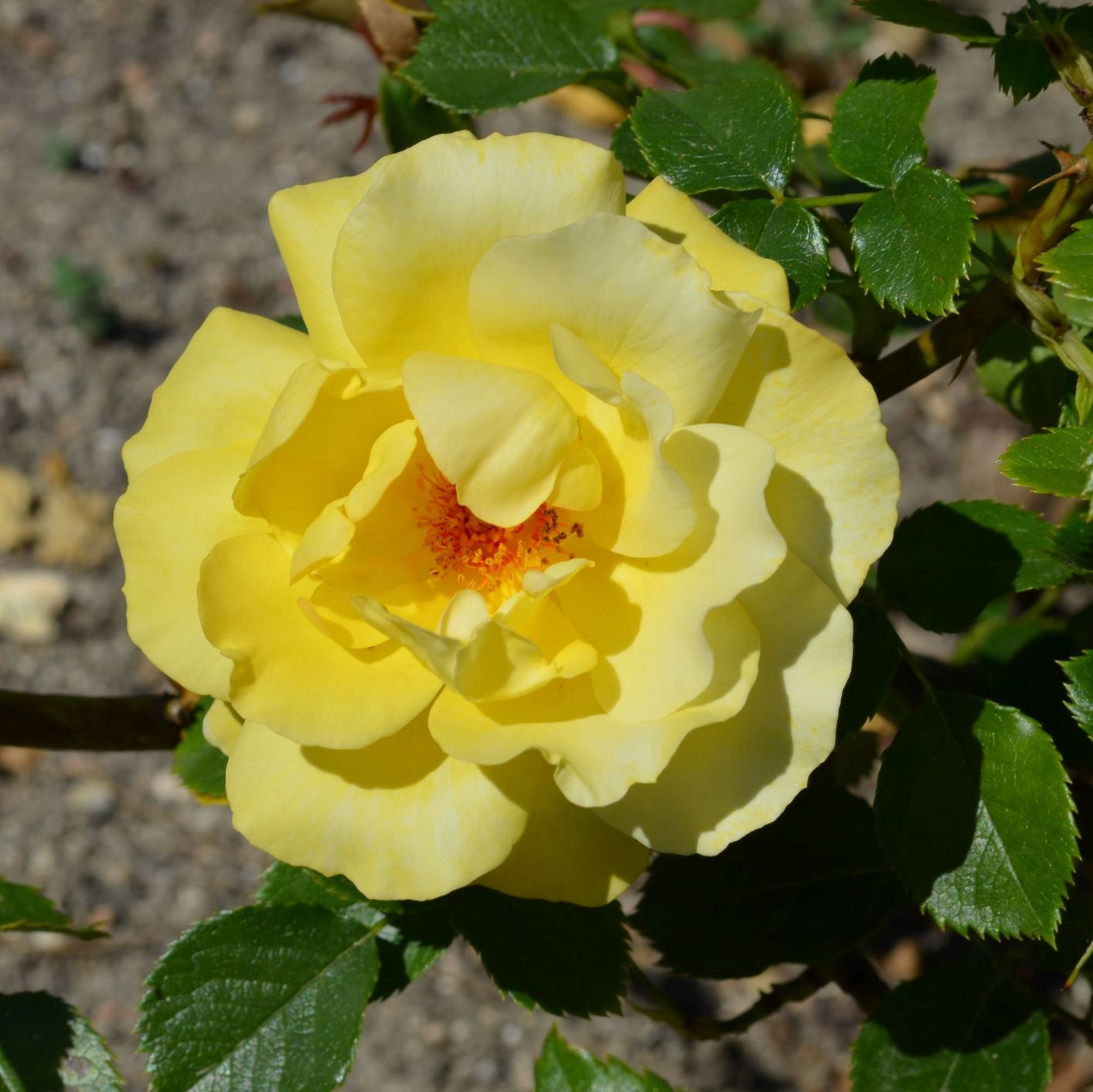
‘Sun Flare’, Warriner, 1978
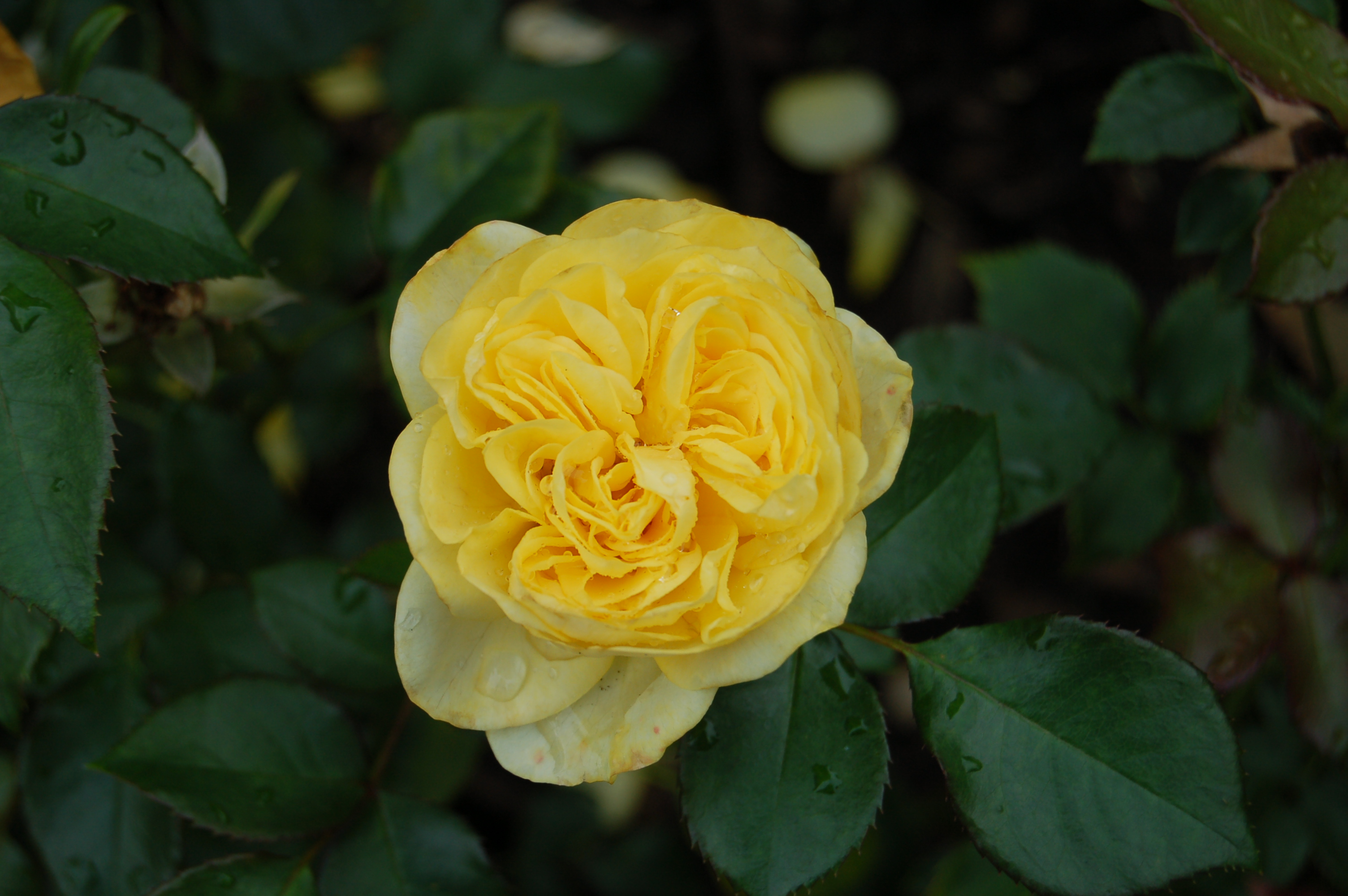
‘Sunlight Romantica’, Meilland, 2002
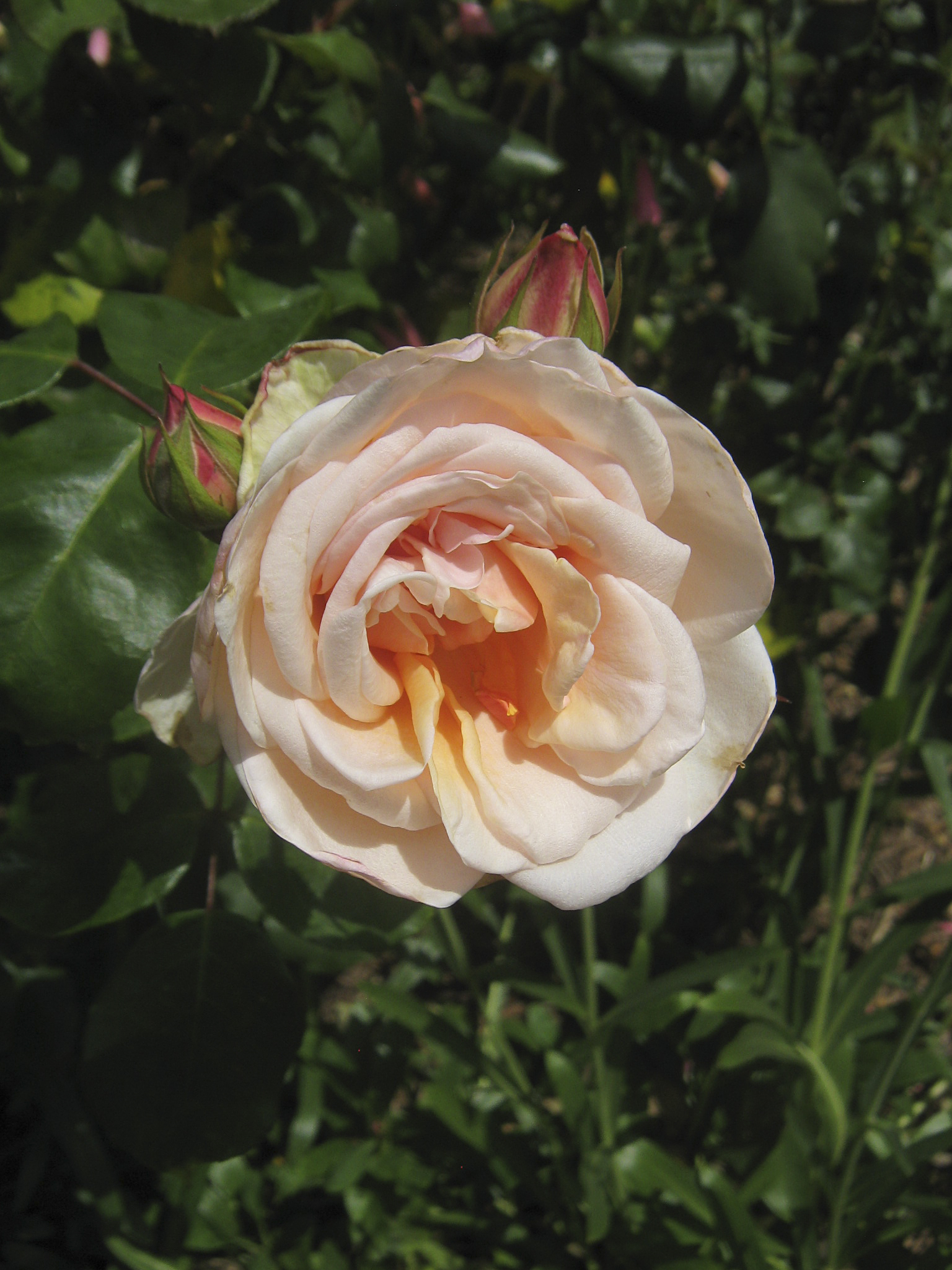
‘Sunlit’, Alister Clark, 1937
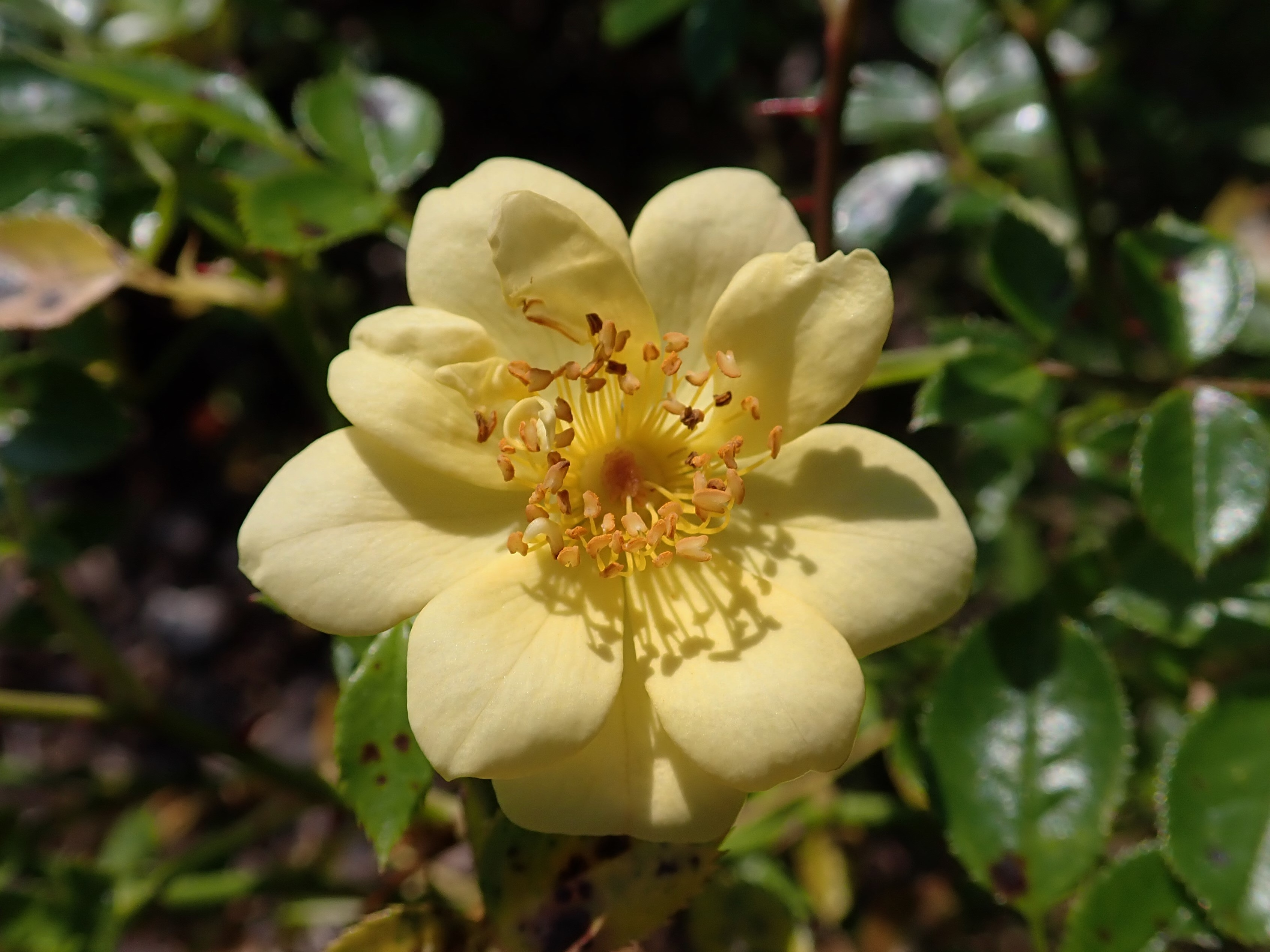
‘Sunny Pins’, Jackson & Perkins, 2010
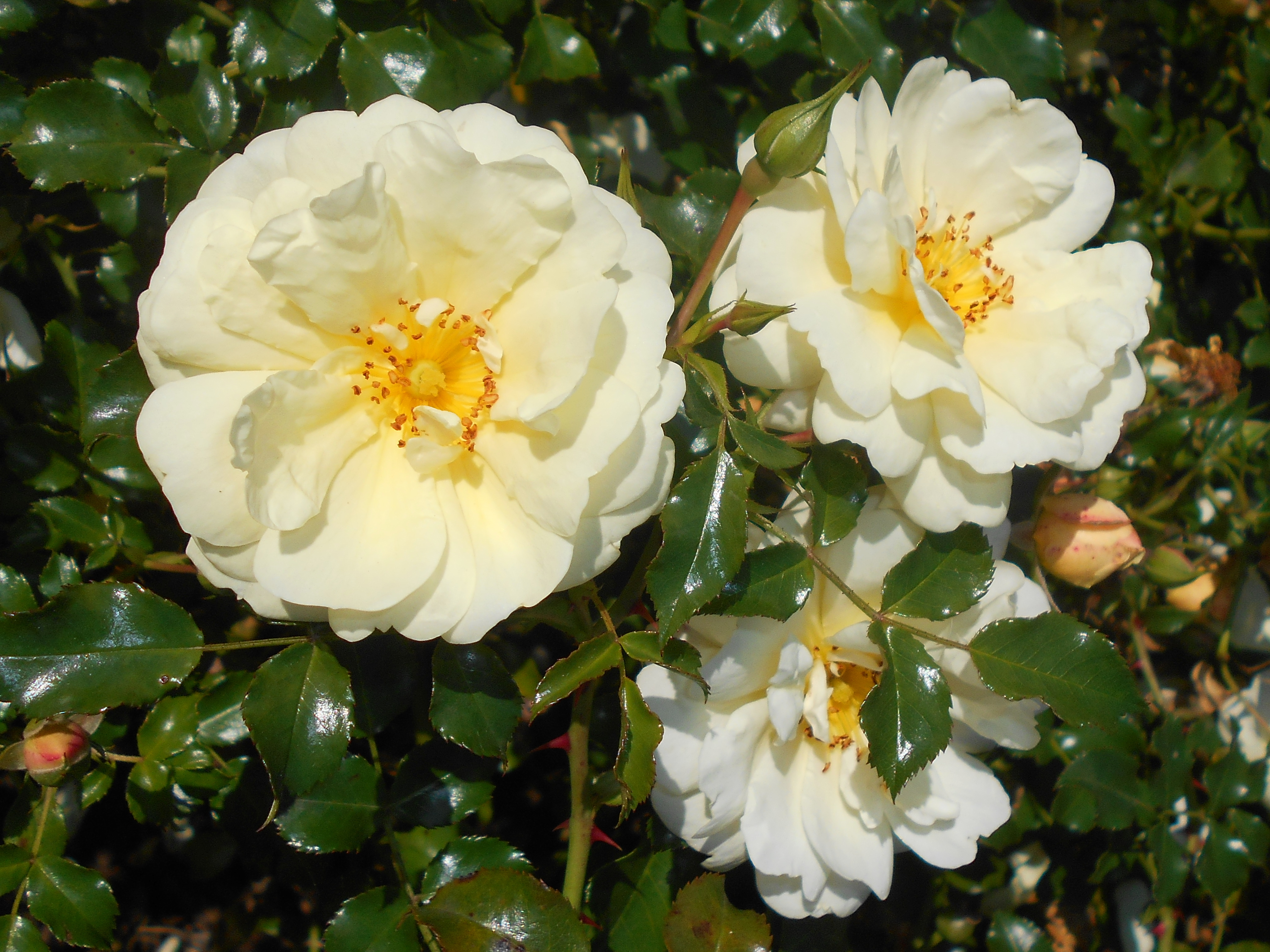
‘Sunny Rose’, Kordes, 2001
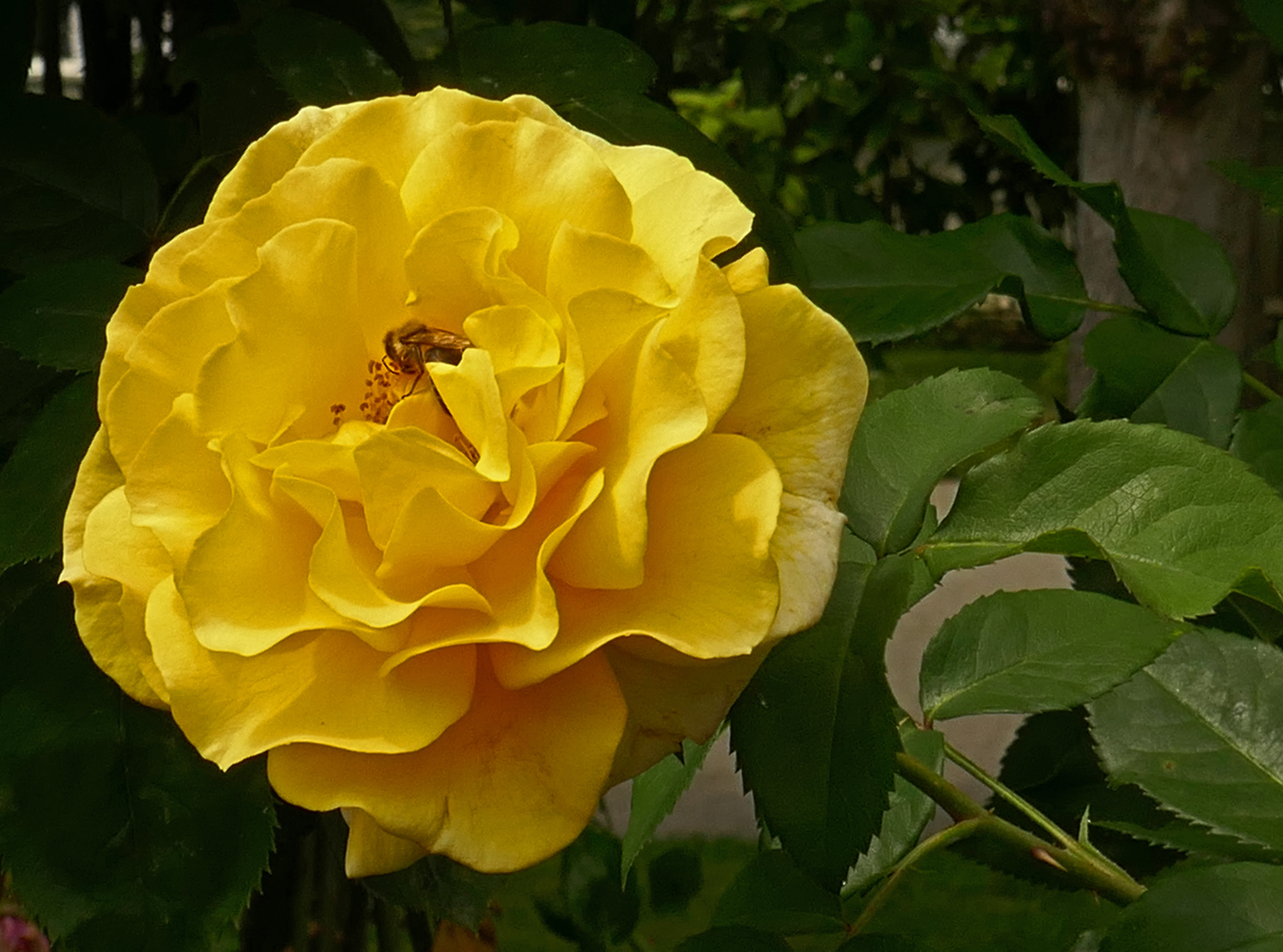
‘Sunny Sky’, Kordes, 2009
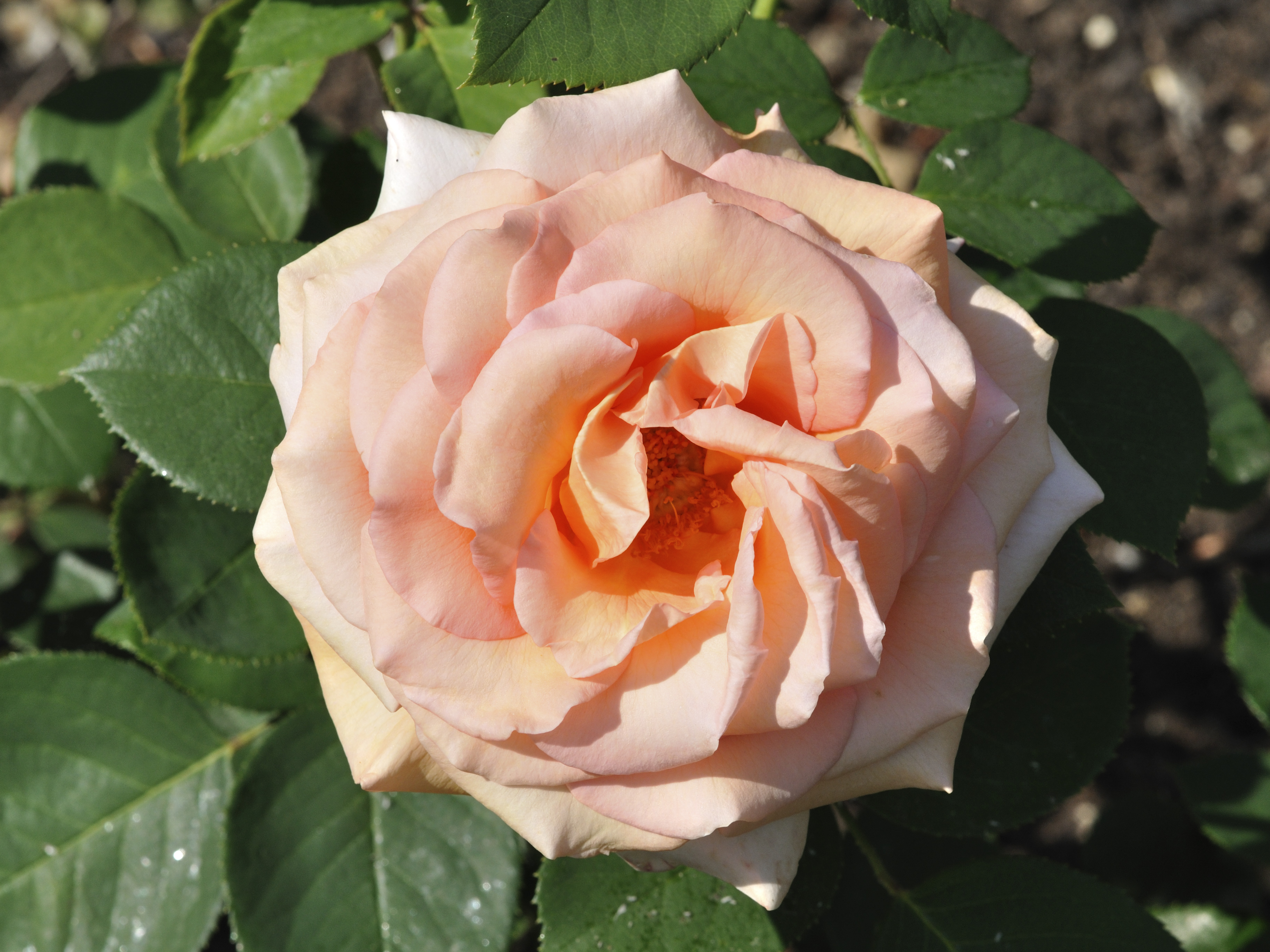
‘Sunset Celebration’ (oder ‘Exotic’), Gareth Fryer, 1991
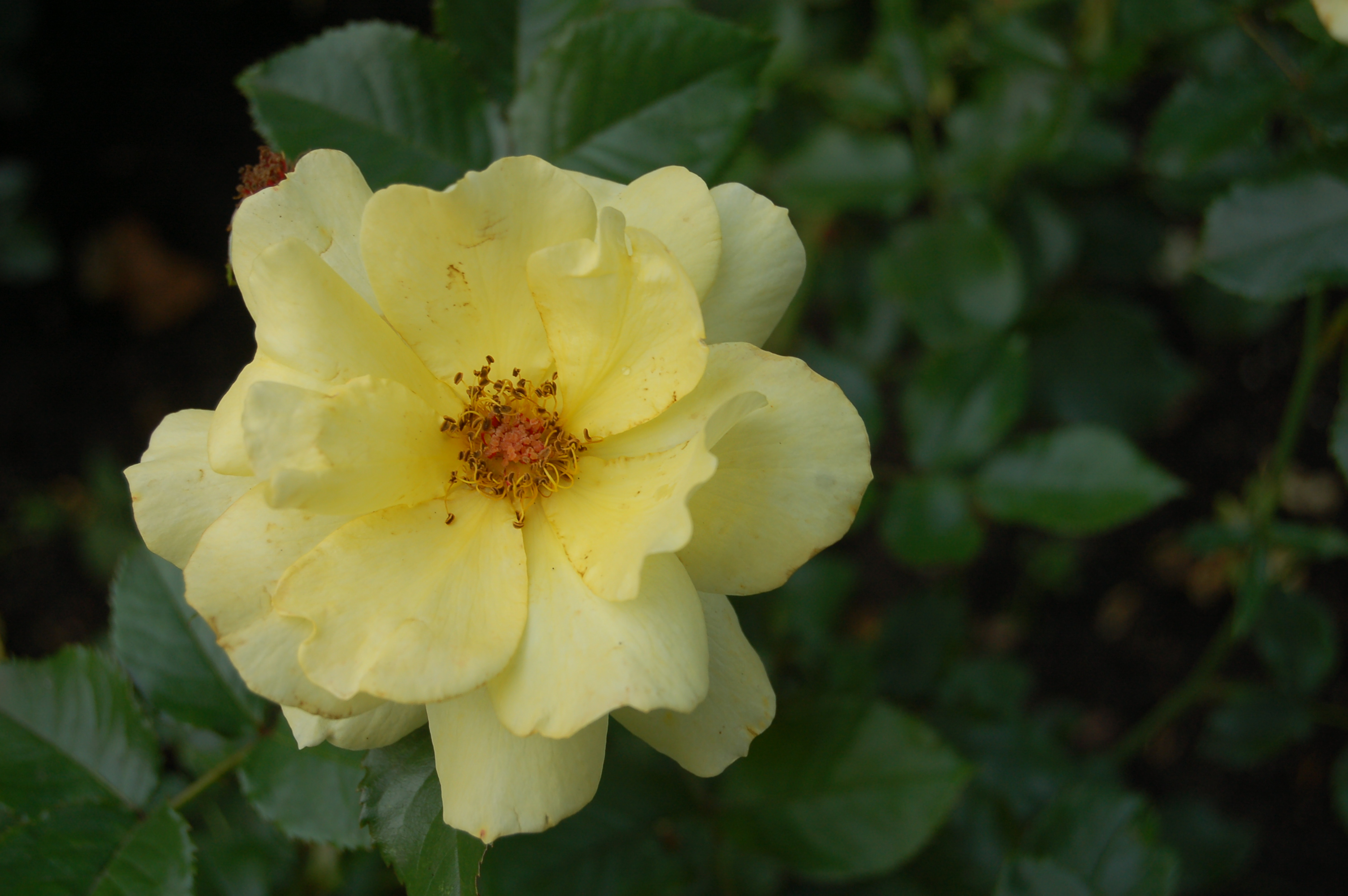
‘Sunsflare’, Jackson & Perkins, 1983
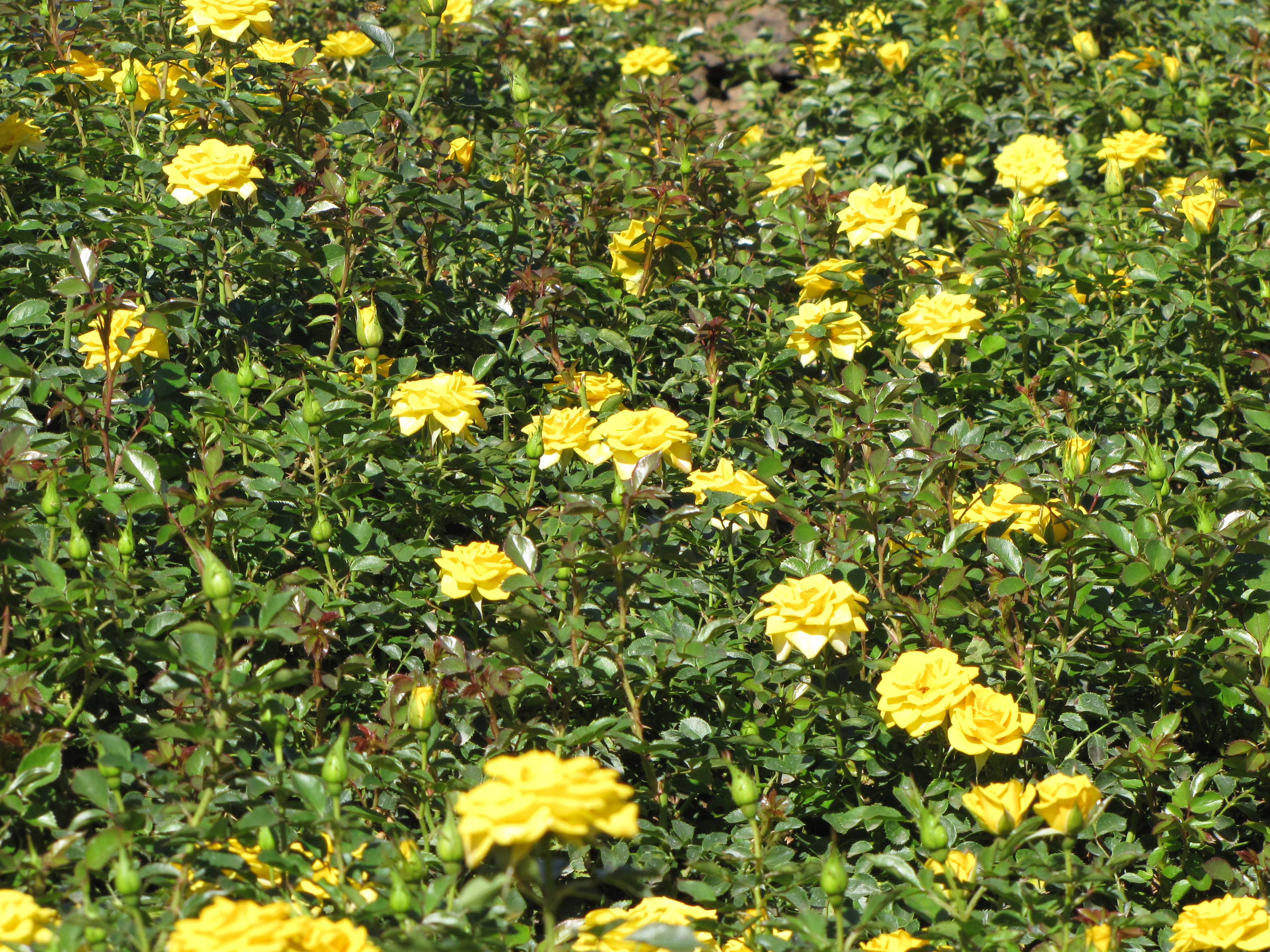
‘Sun Sprinkles’, John Walden, 2001
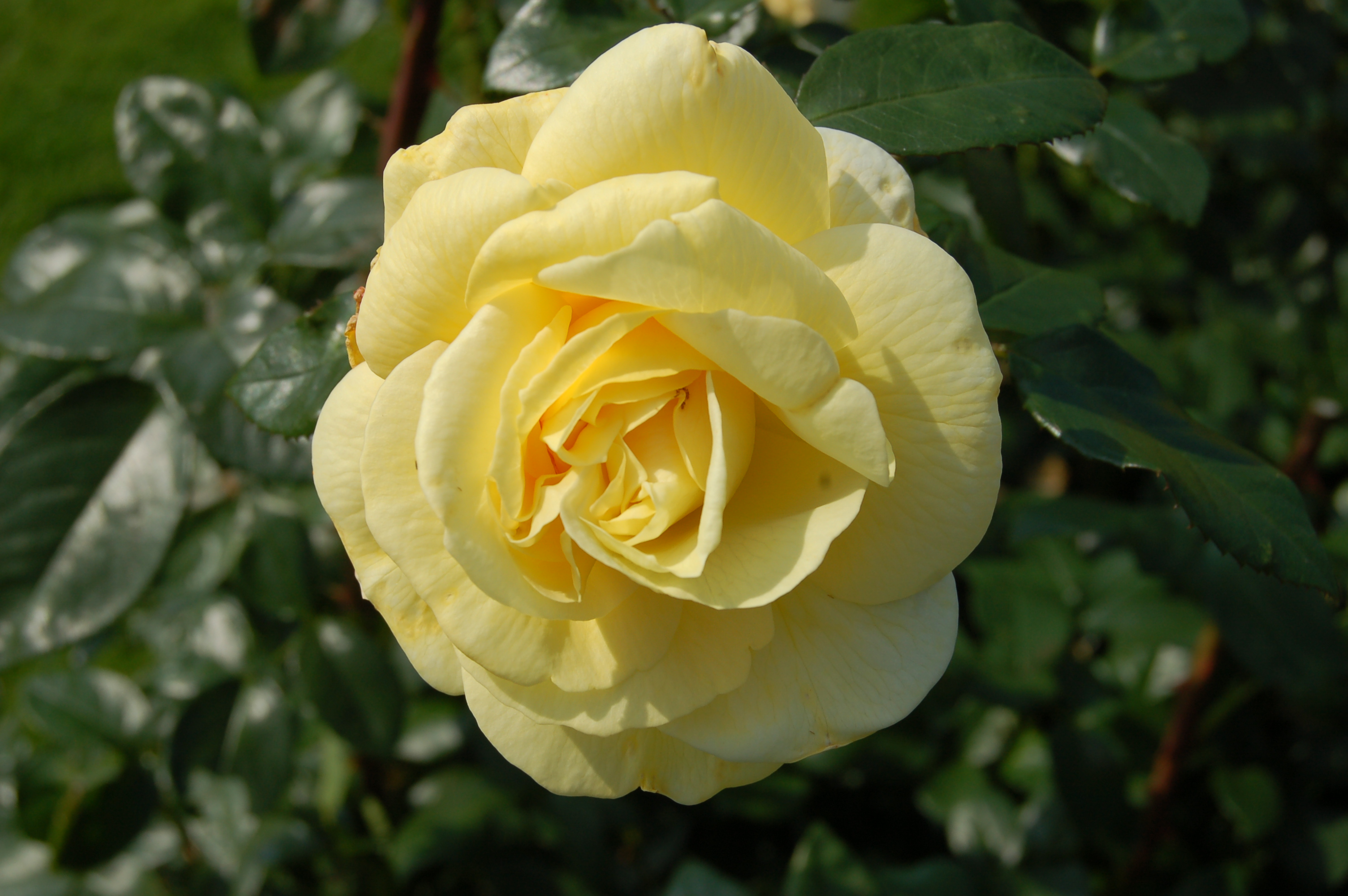
‘Sunstar’, Kordes, 2007
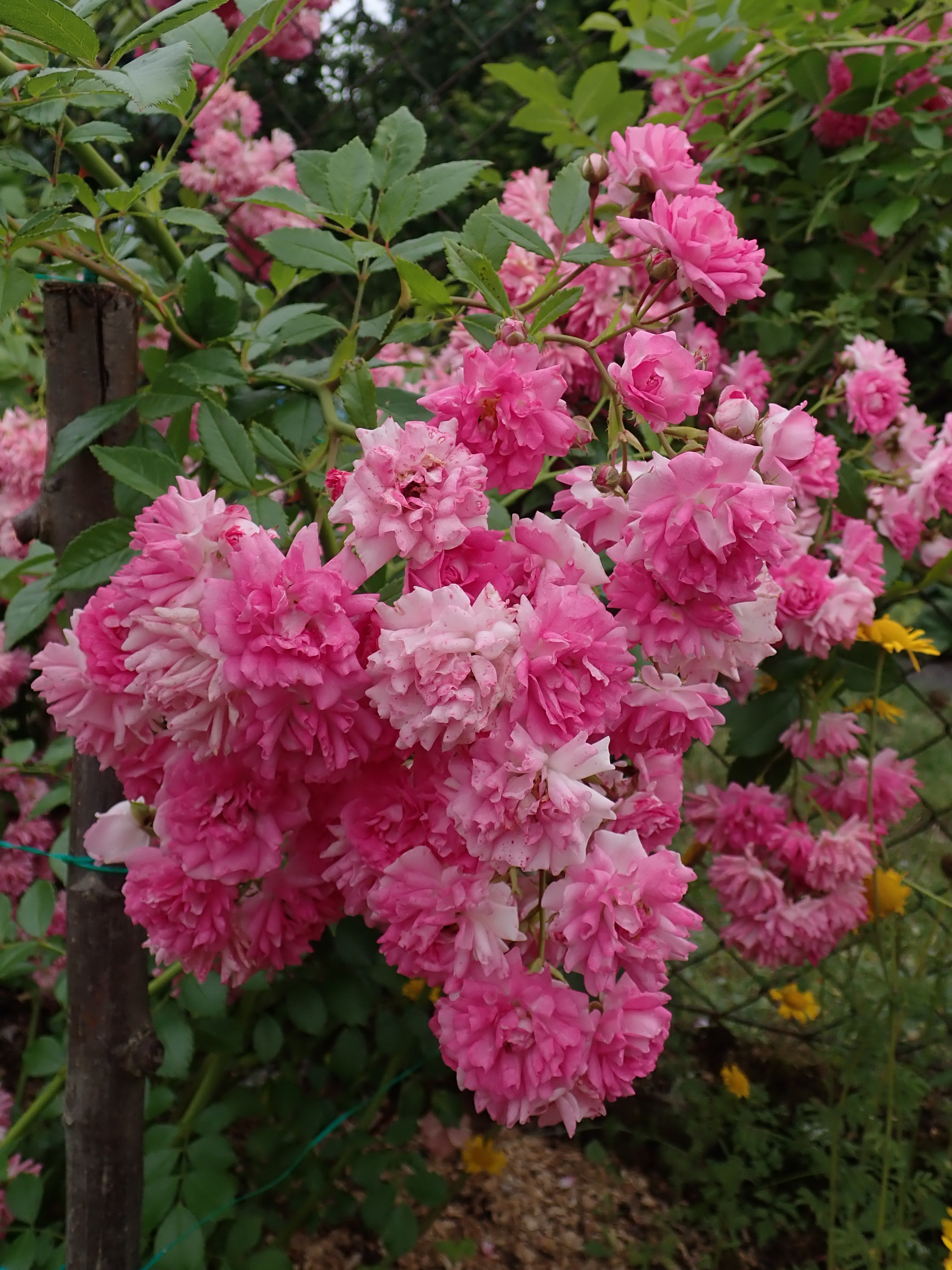
‘Super Dorothy’, Hetzel, 1986
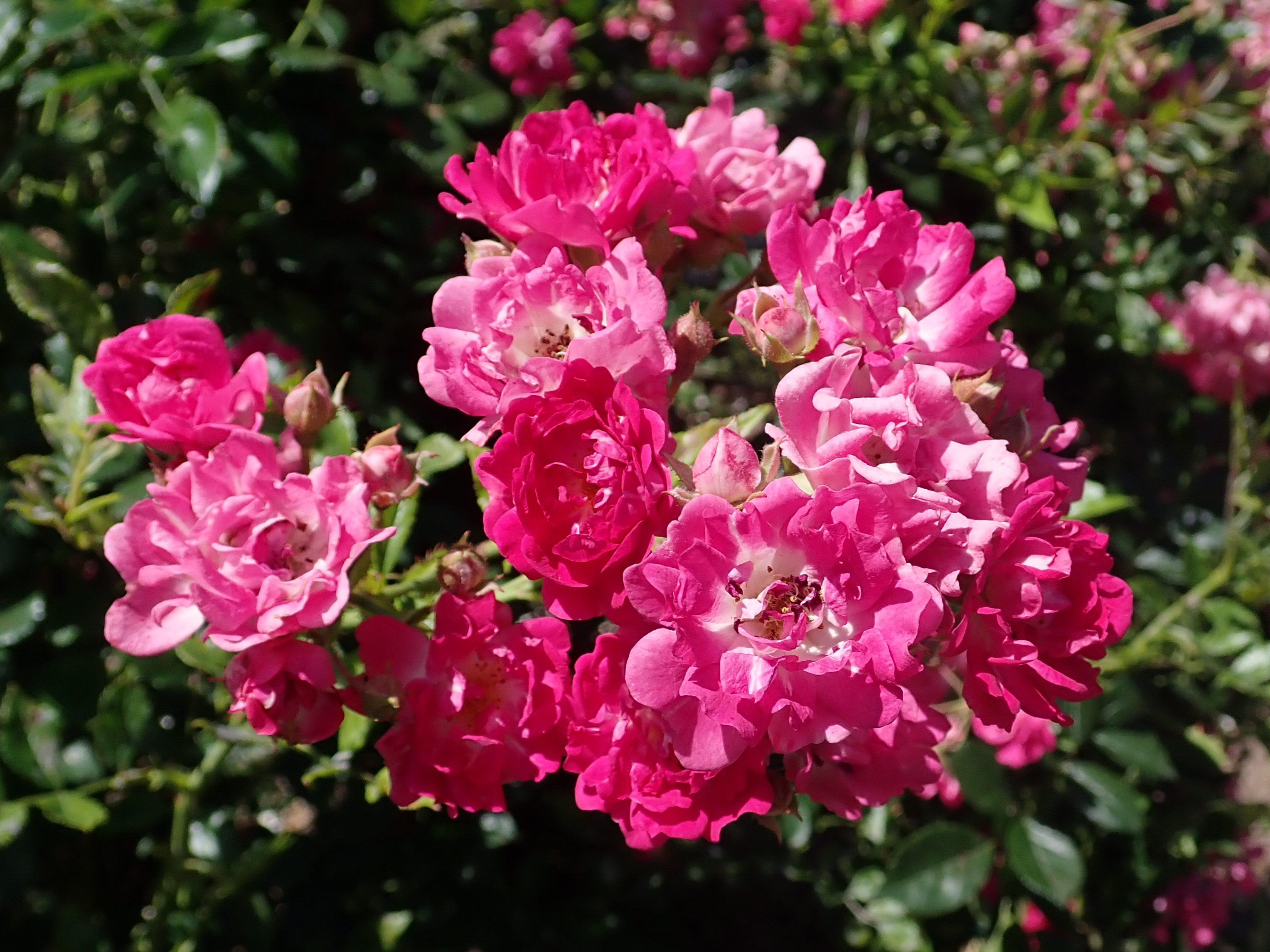
‘Super Excelsa’, Hetzel, 1986
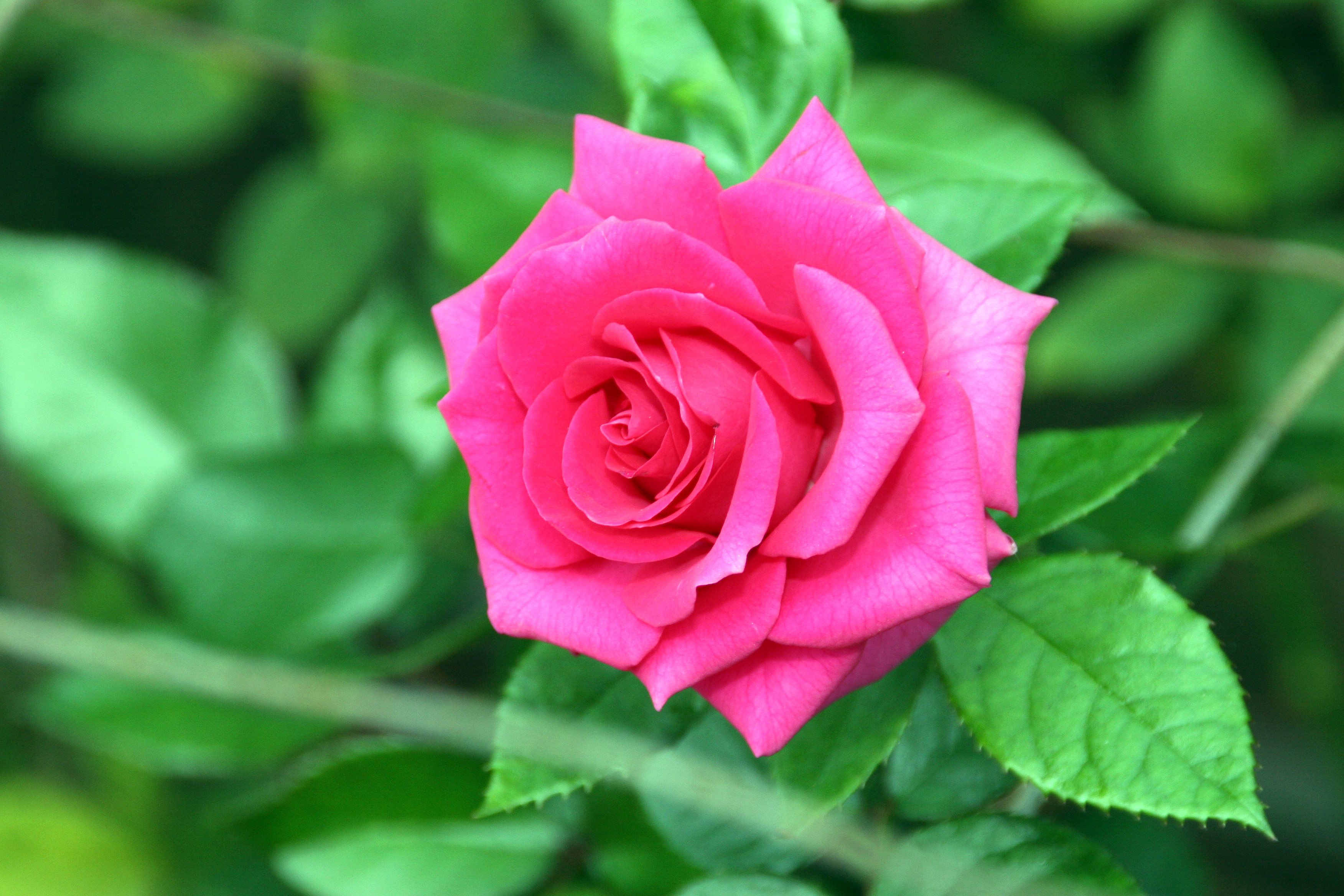
‘Super Nova’, Keith W. Zary, 1997
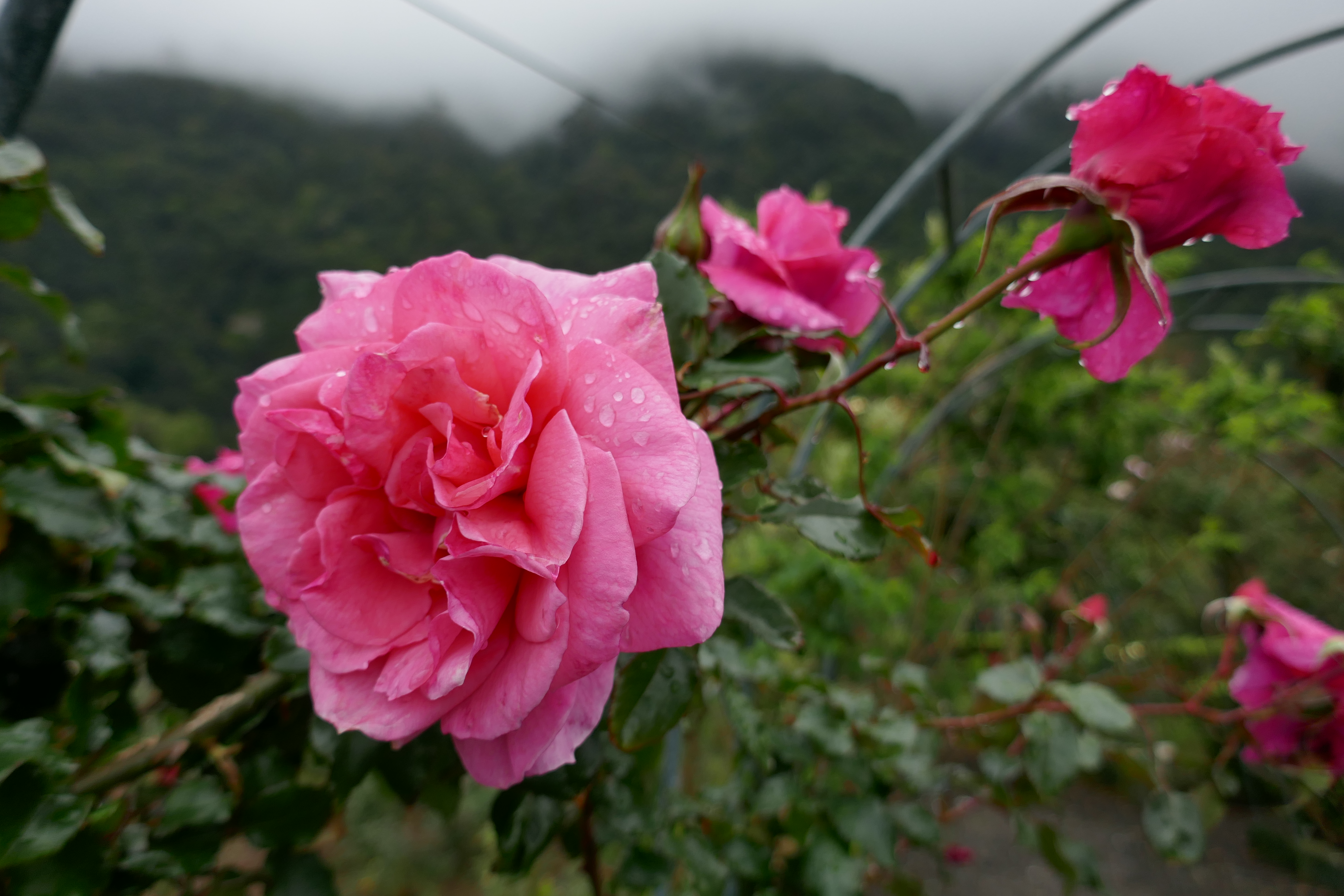
‘Super Pink’, Lens, 1987
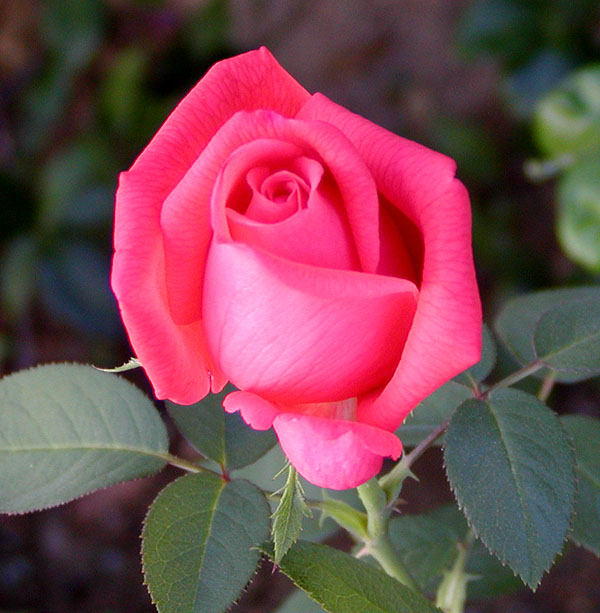
‘Super Star’, Tantau, 1960
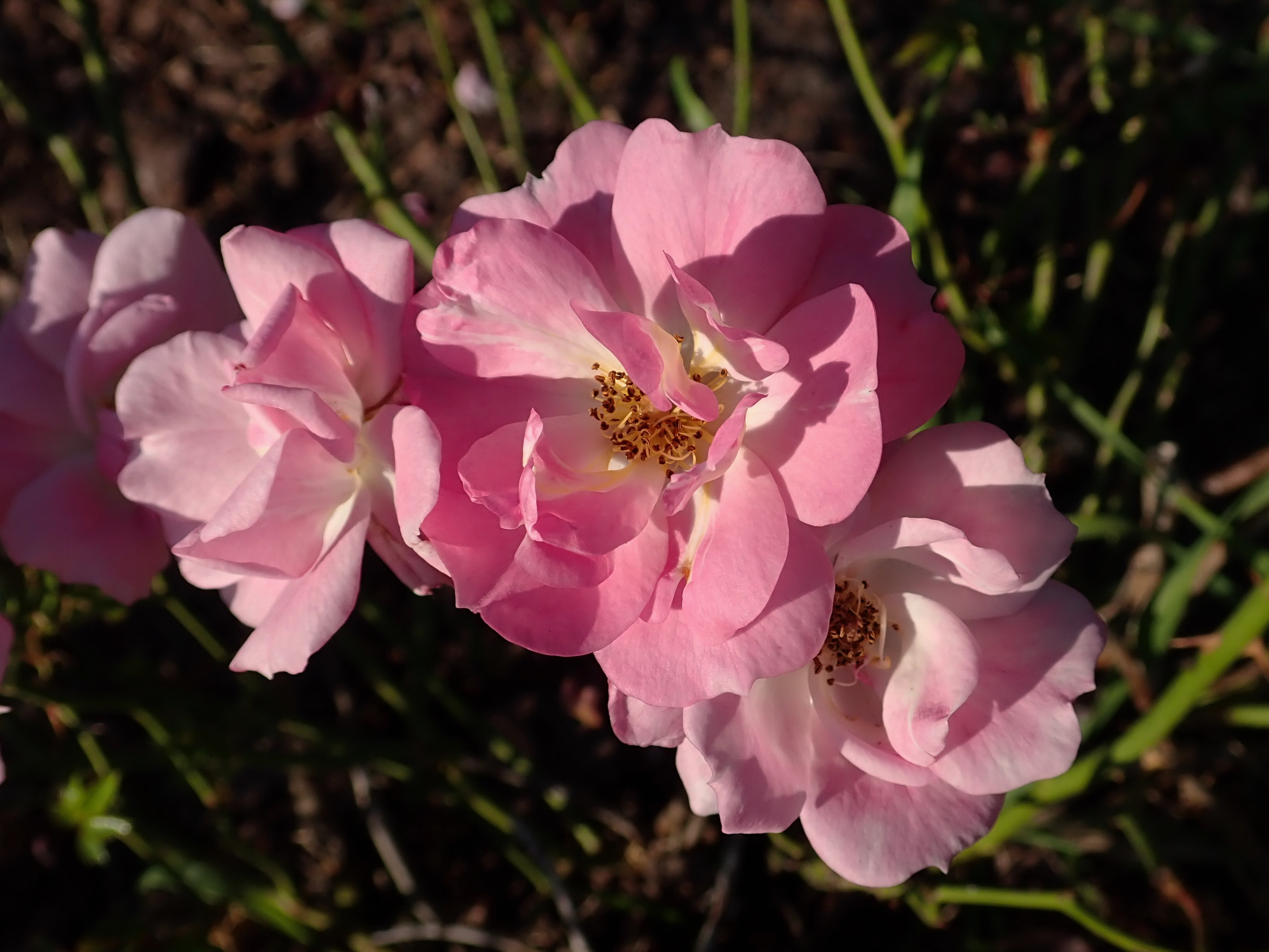
‘Supreme Cover’, Olesen, Poulsen, 1994
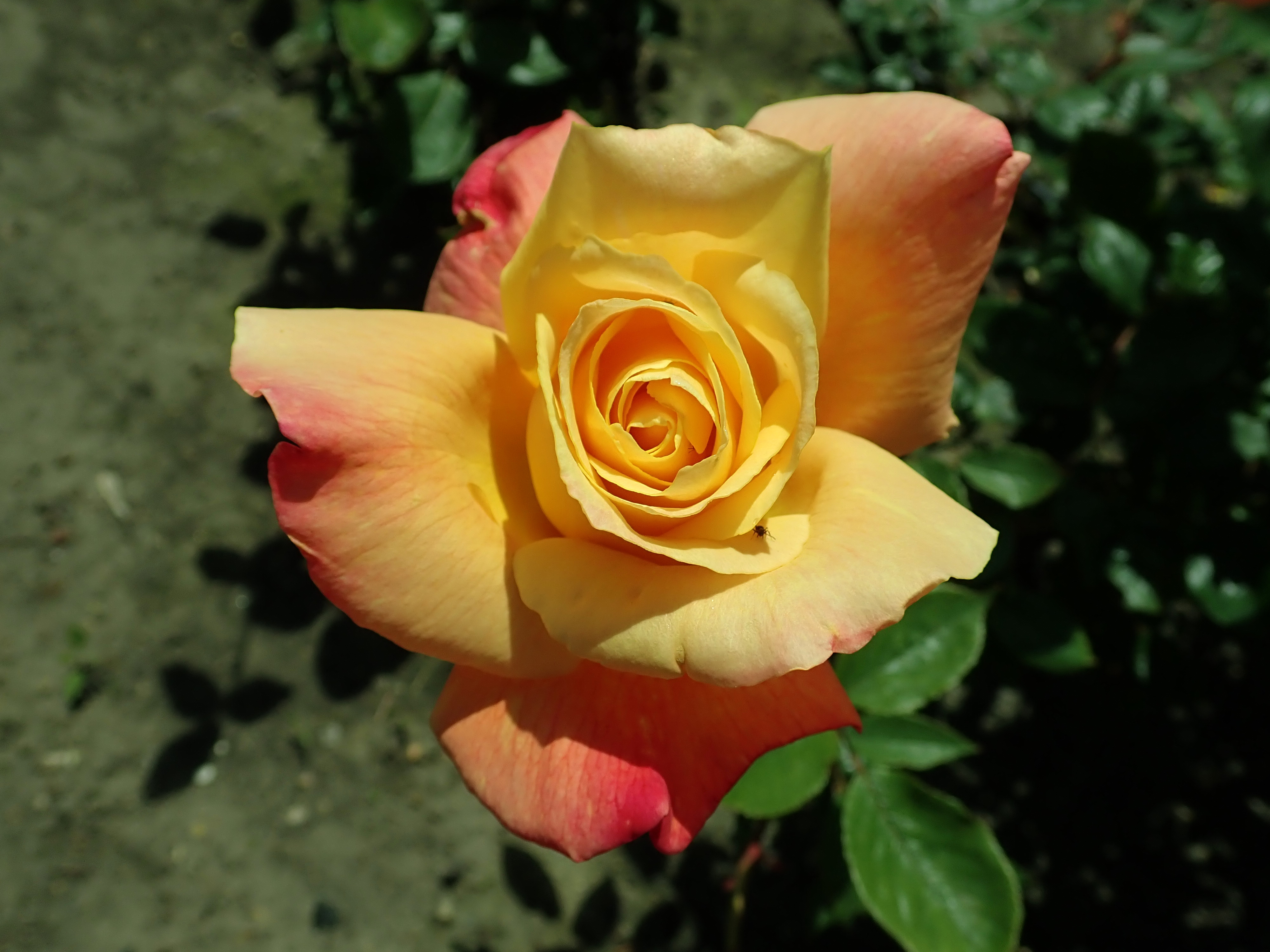
‘Sutter’s Gold’, Herbert C. Swim, vor 1950
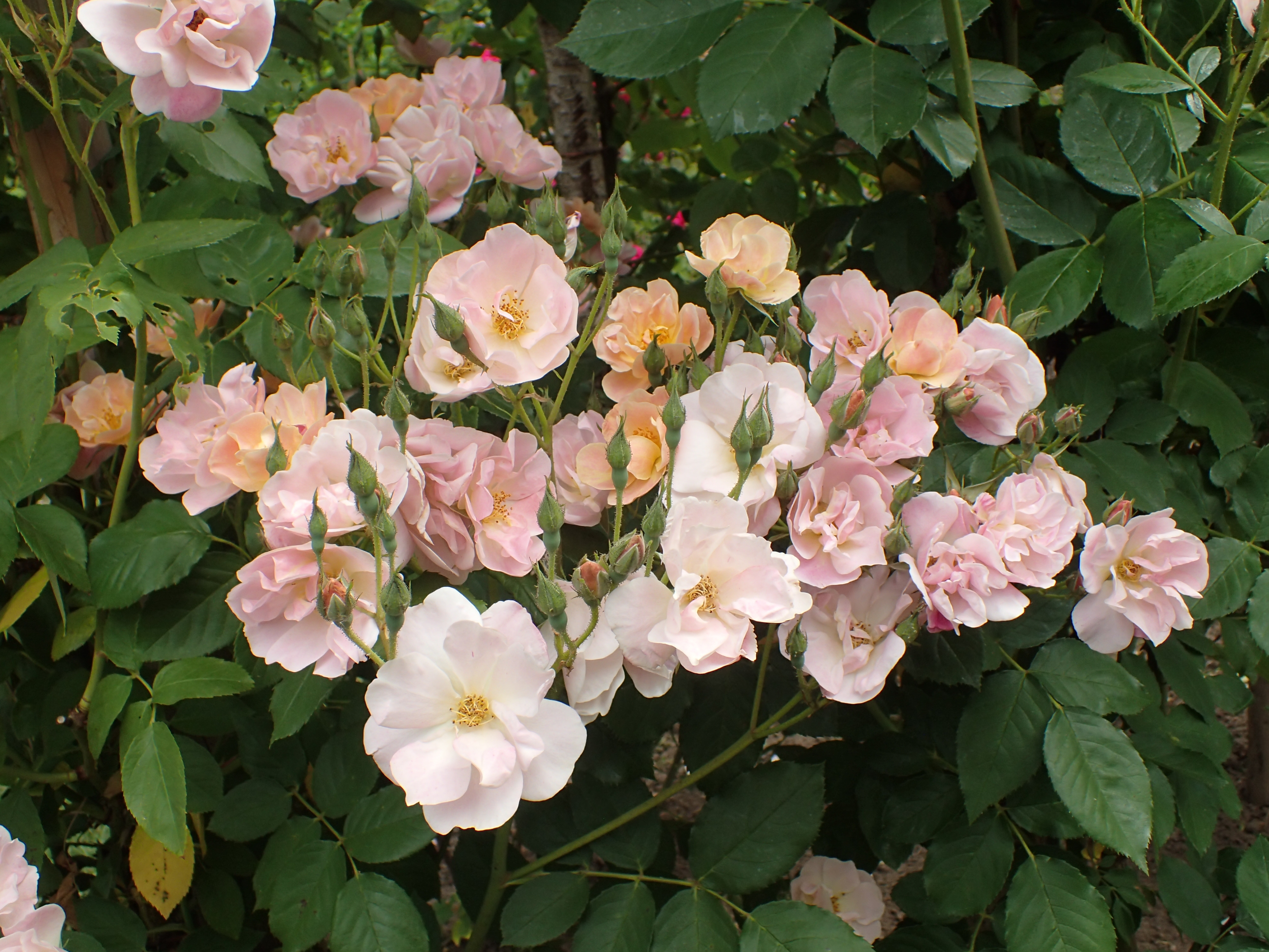
‘Suzon’, André Eve, 1994
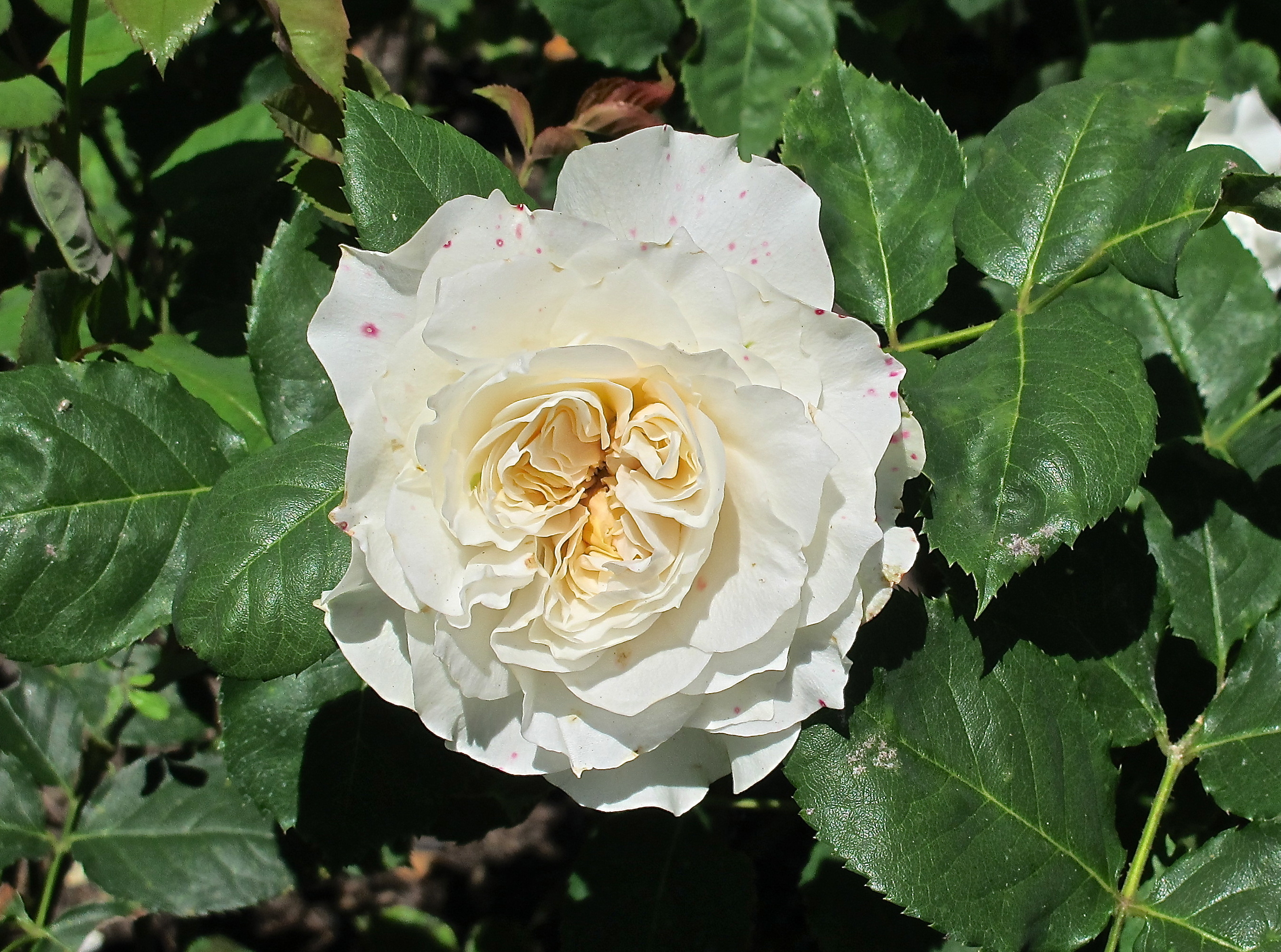
‘Swan’, David Austin, 1987
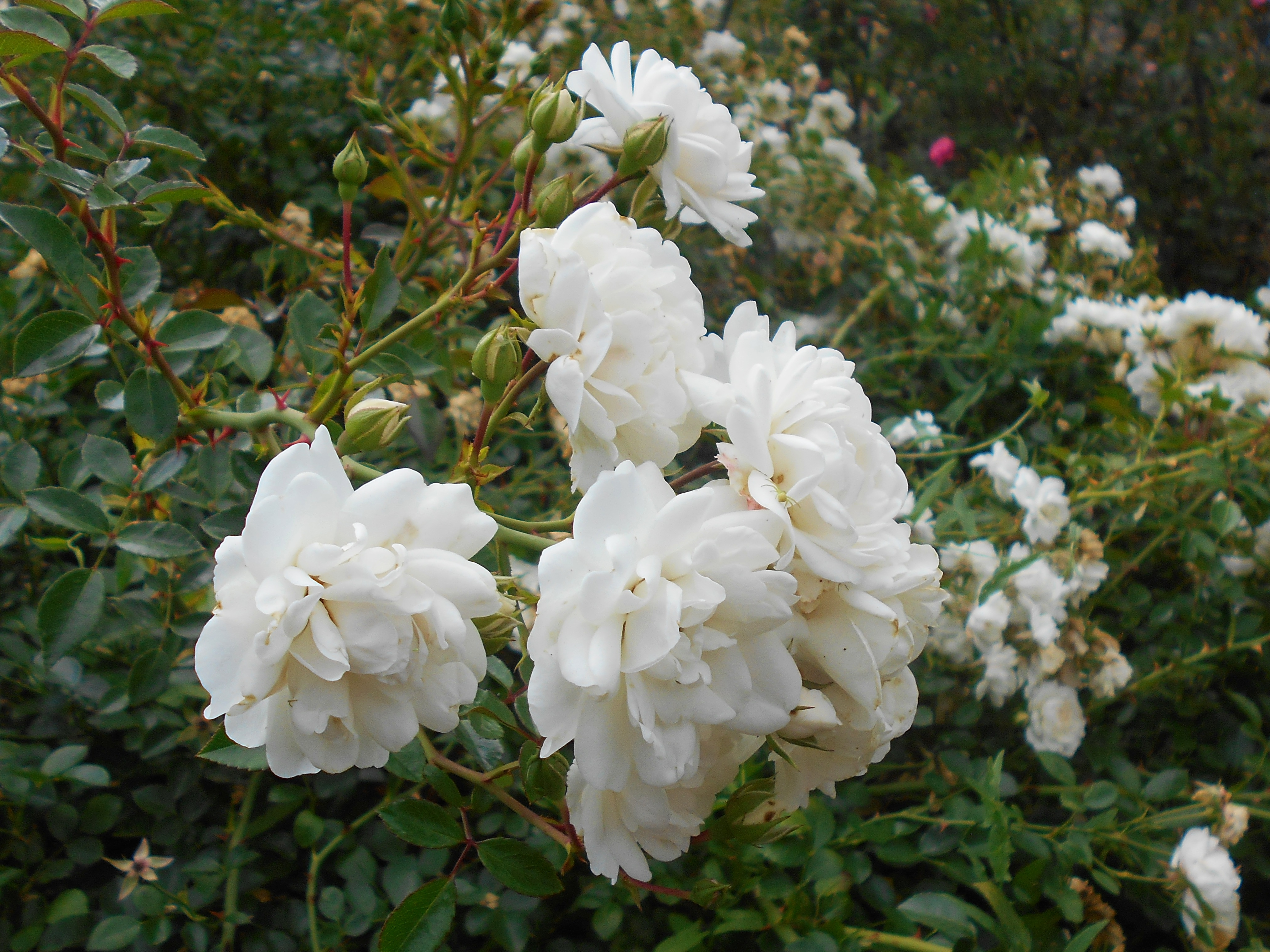
‘Swany’, Meilland, 1977
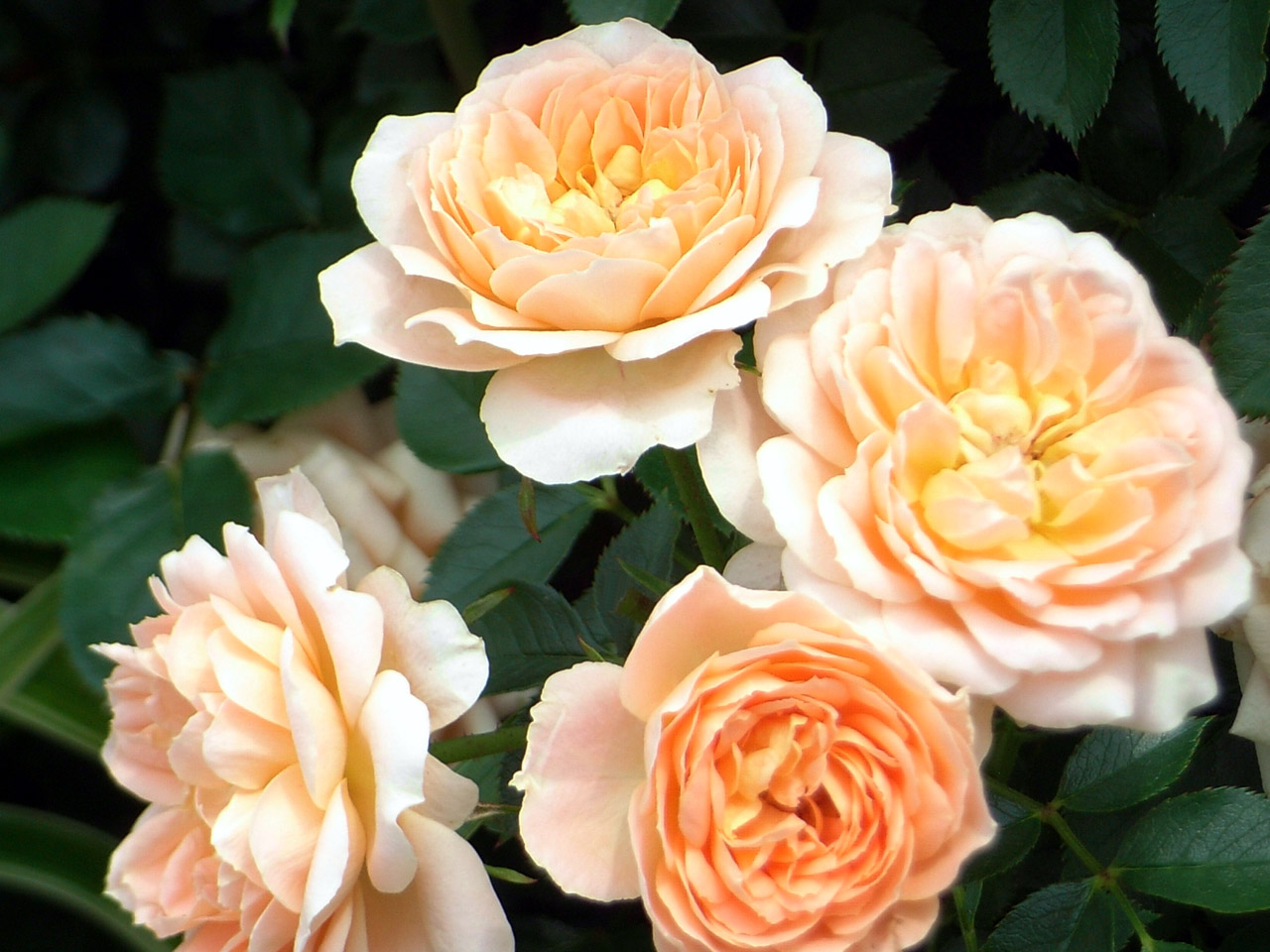
‘Sweet Dream’, Gareth Fryer, 1987
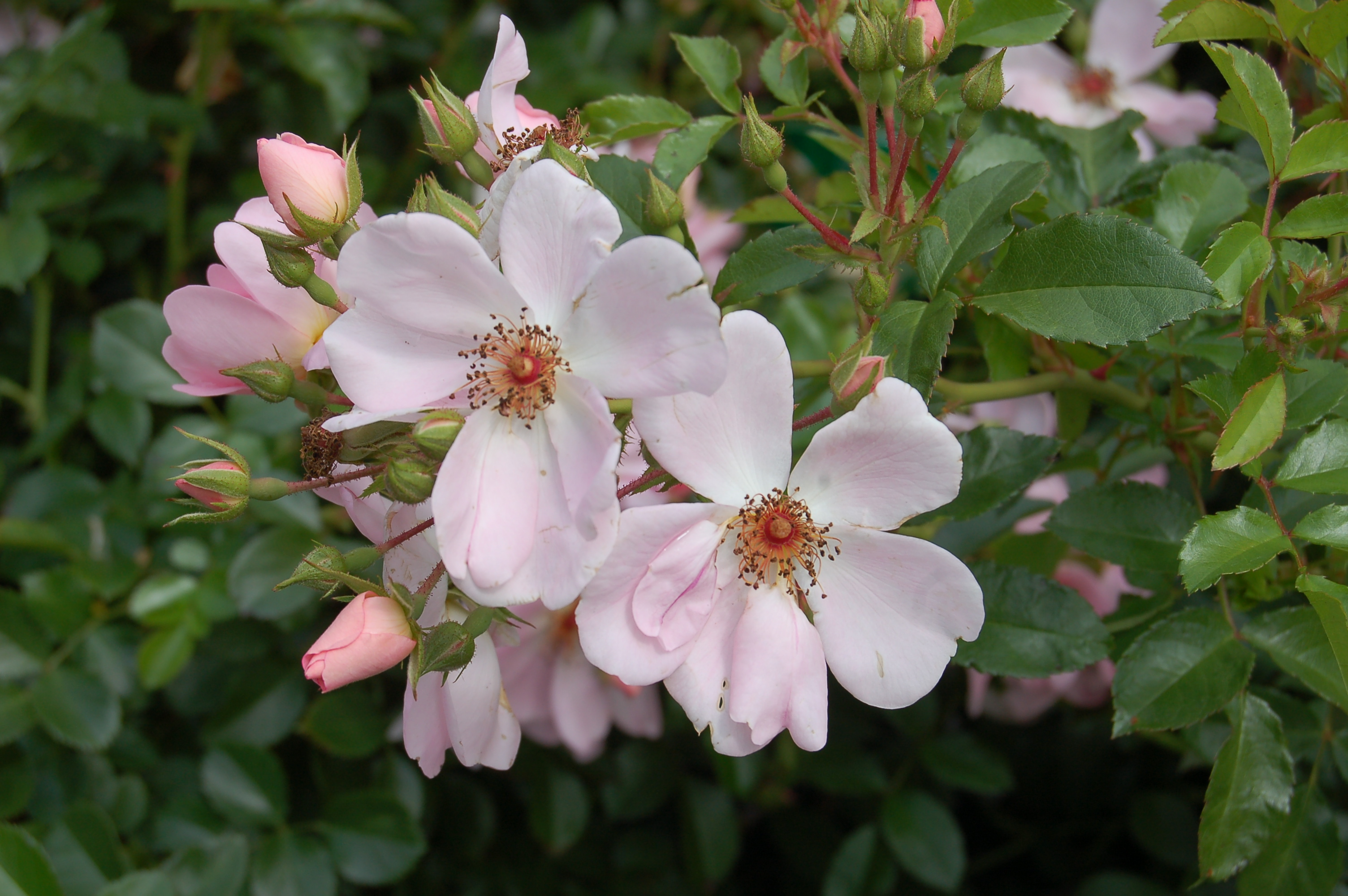
‘Sweet Haze’, Tantau, 2003
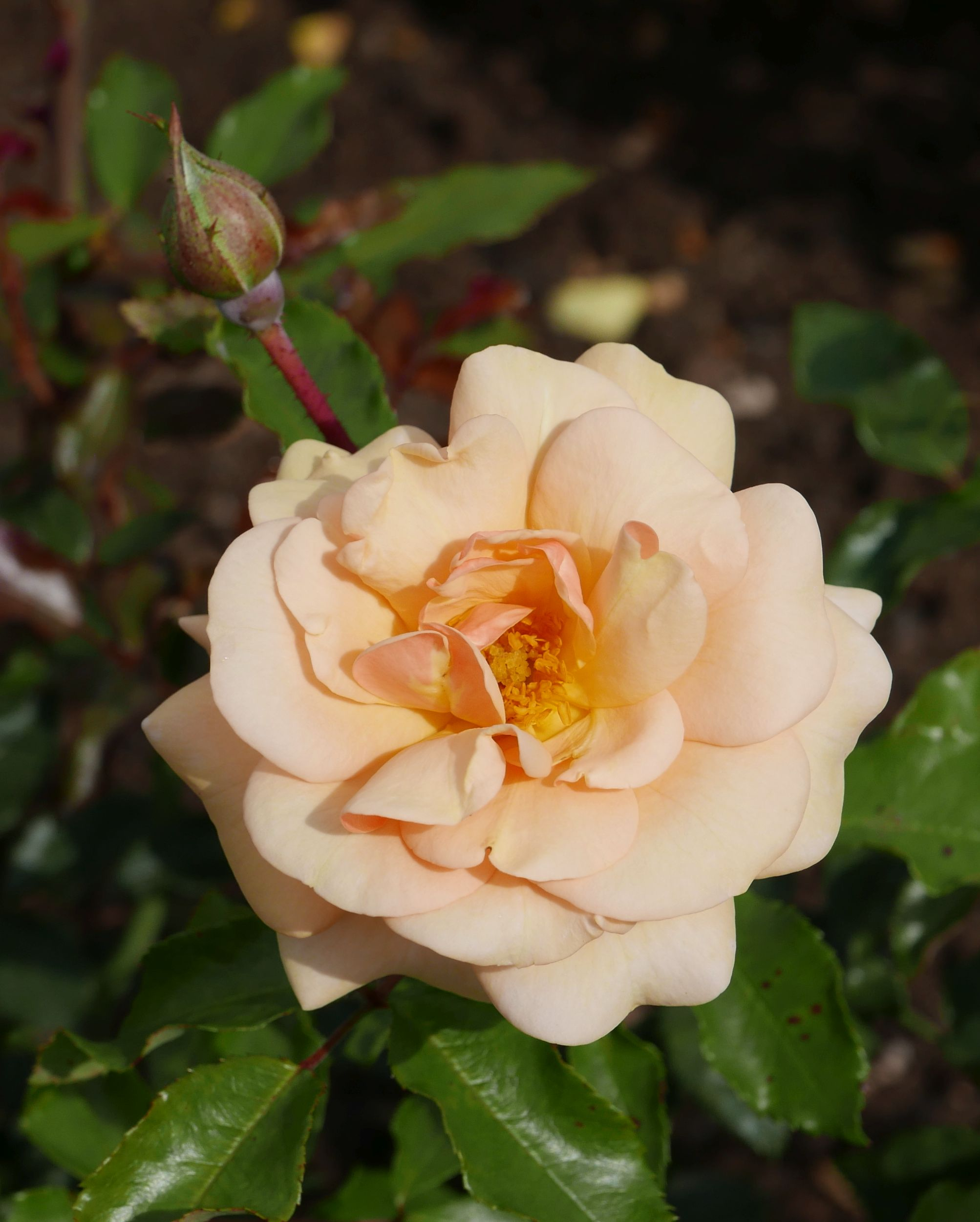
‘Sweet Honey’, Kordes, 2015
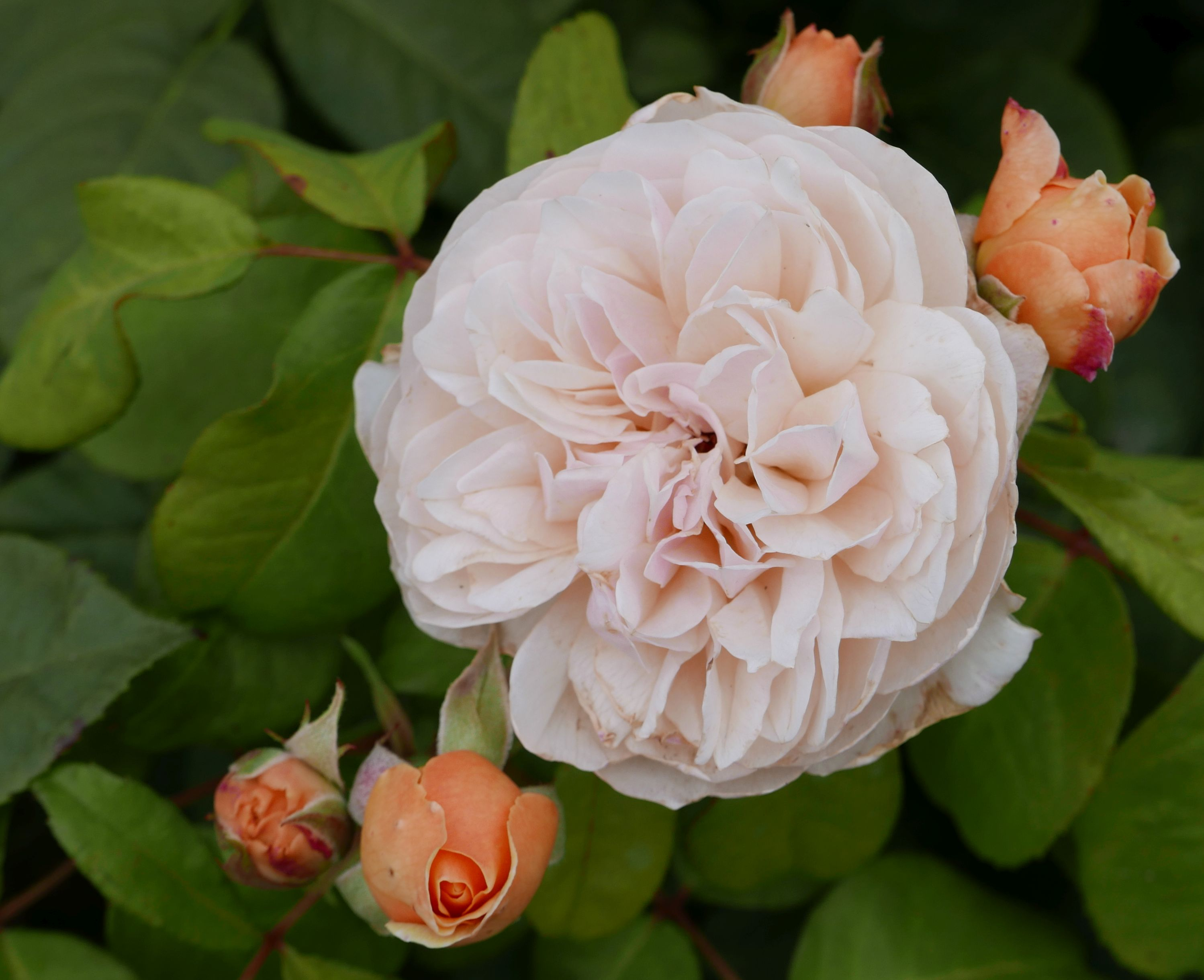
‘Sweet Juliet’, Austin, 1989
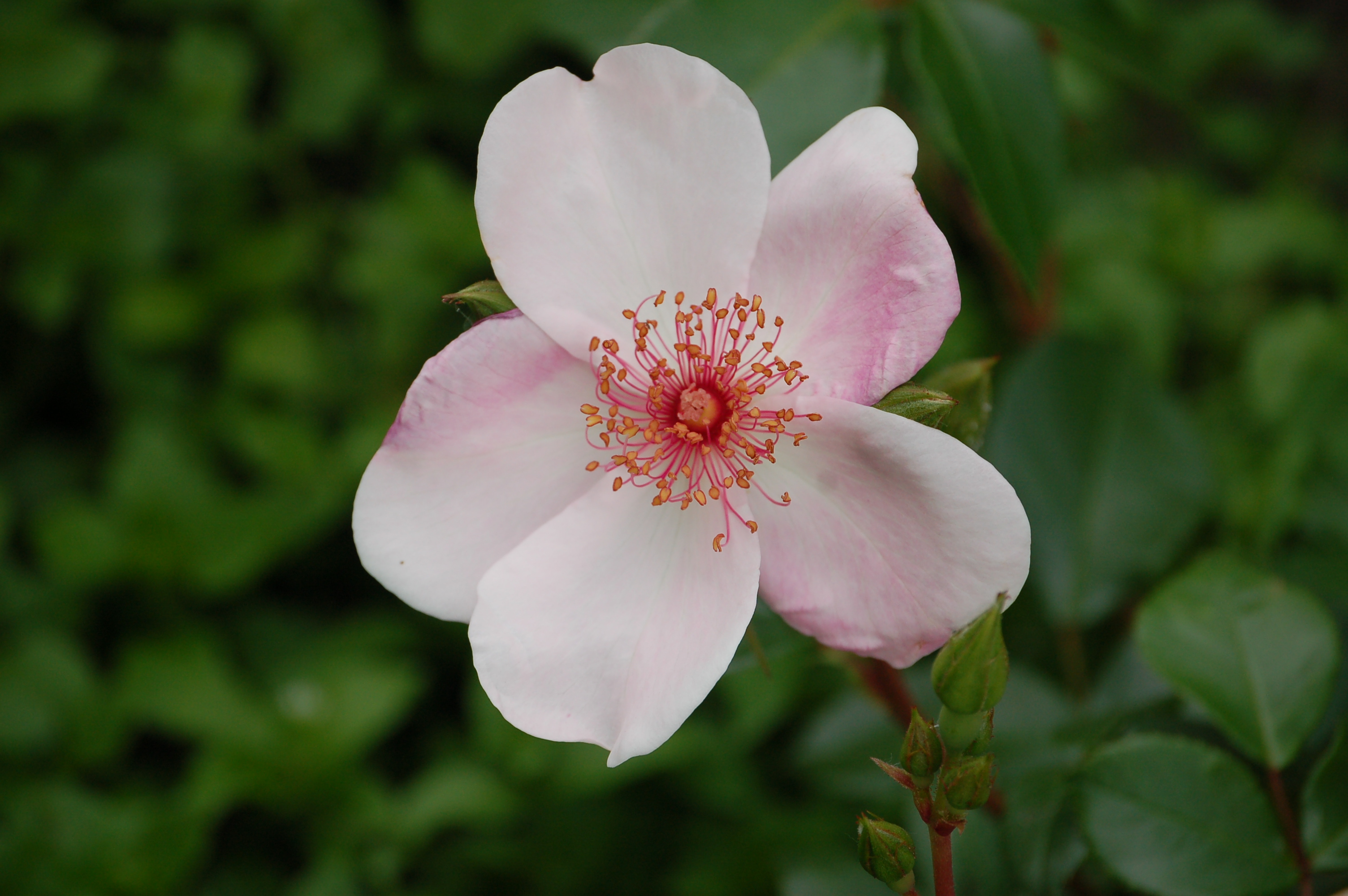
‘Sweet Pretty’, Meilland, 1996
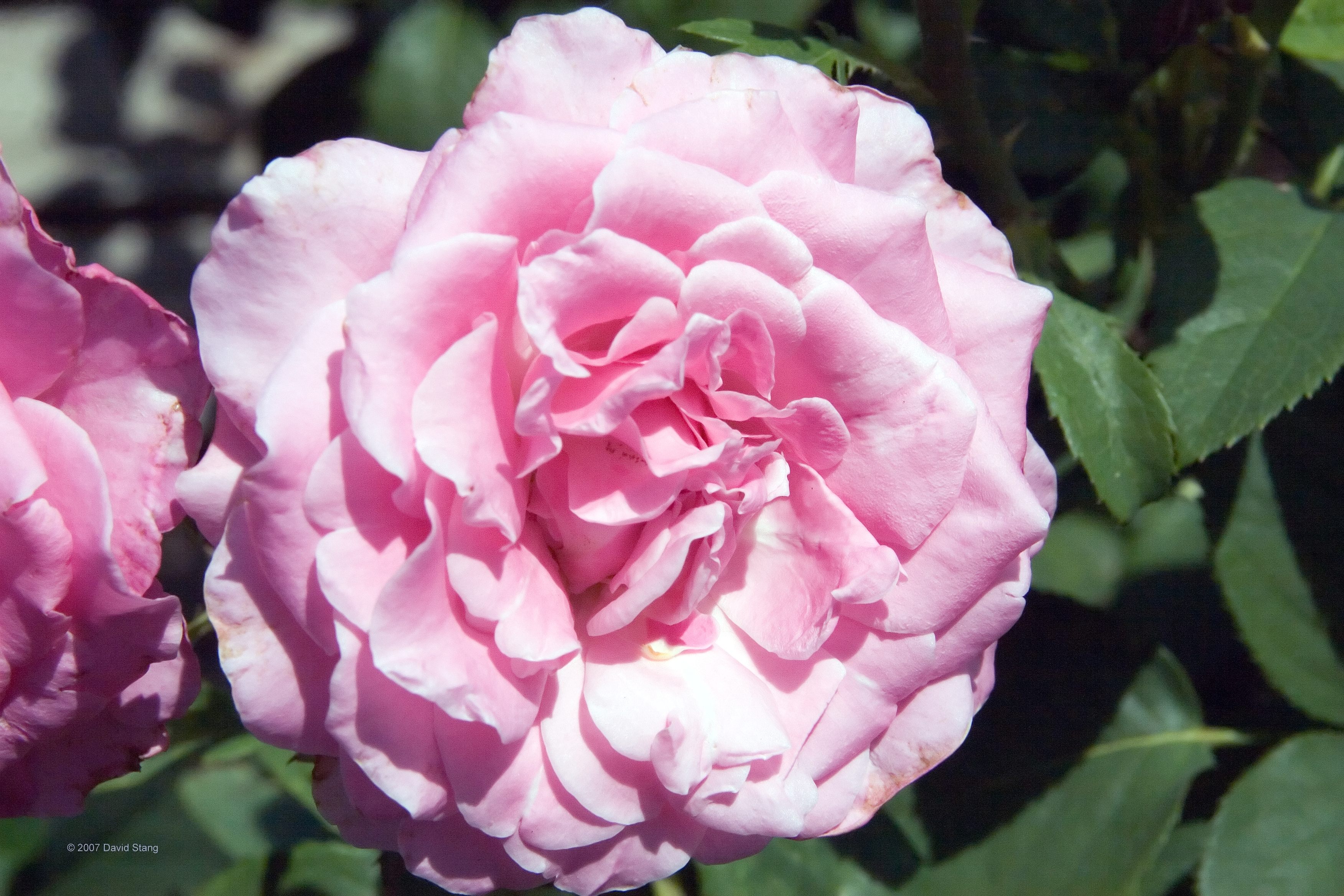
‘Sweet Surrender’, Weeks, 1983
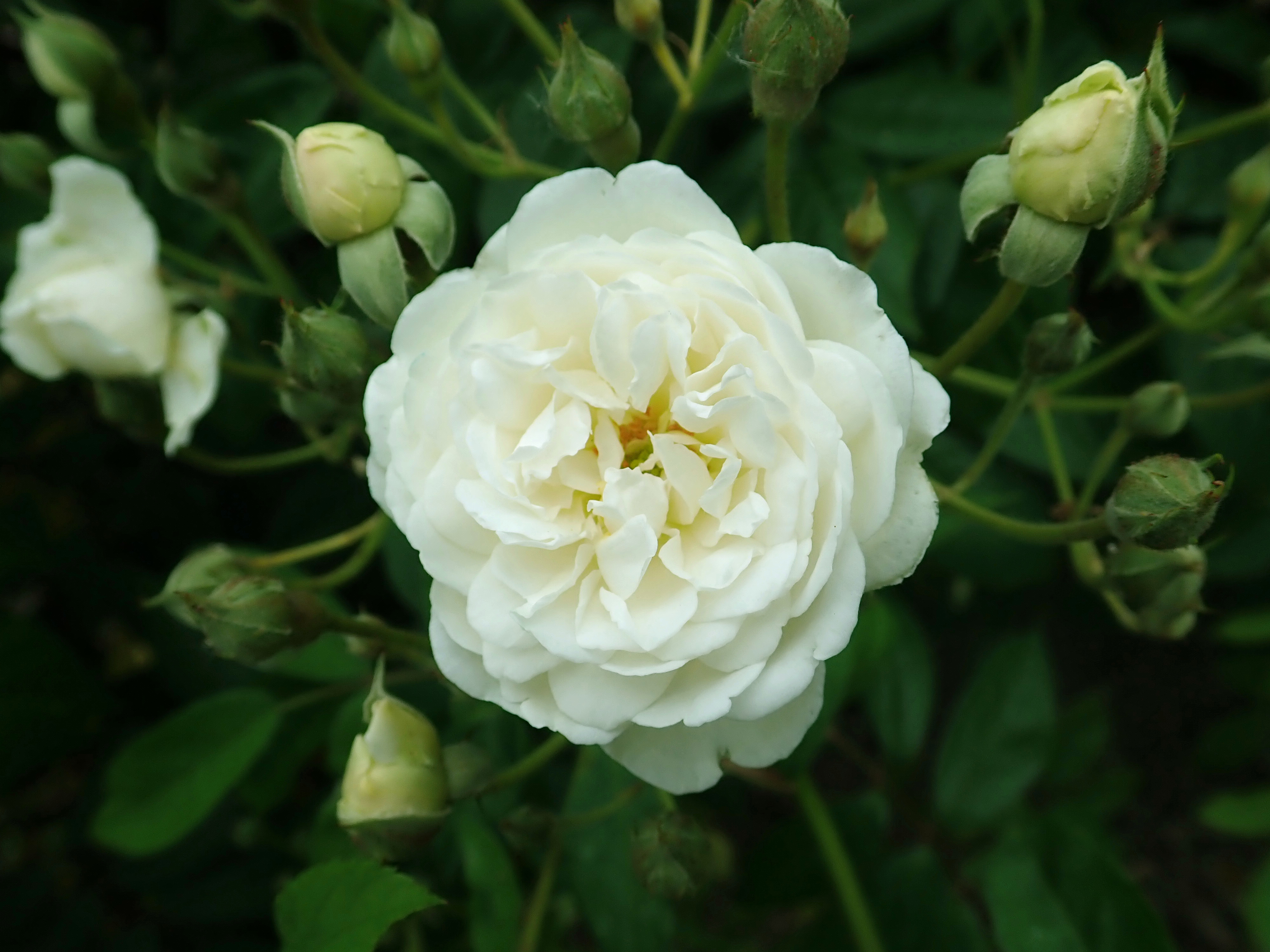
‘Sylvi’, Johann Schmadlak, 1983
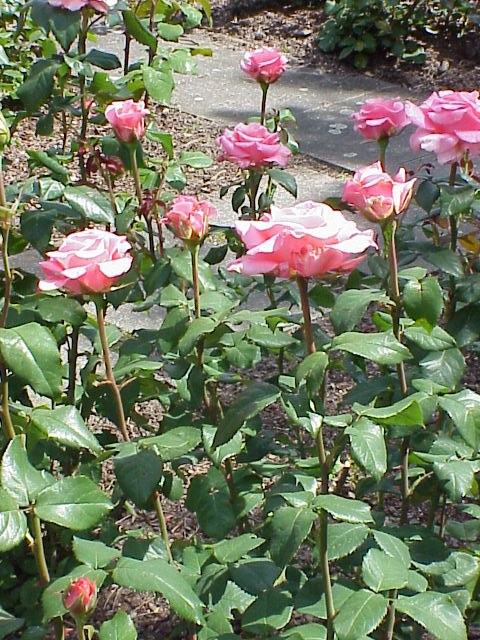
‘Sylvia’, Kordes, 1978
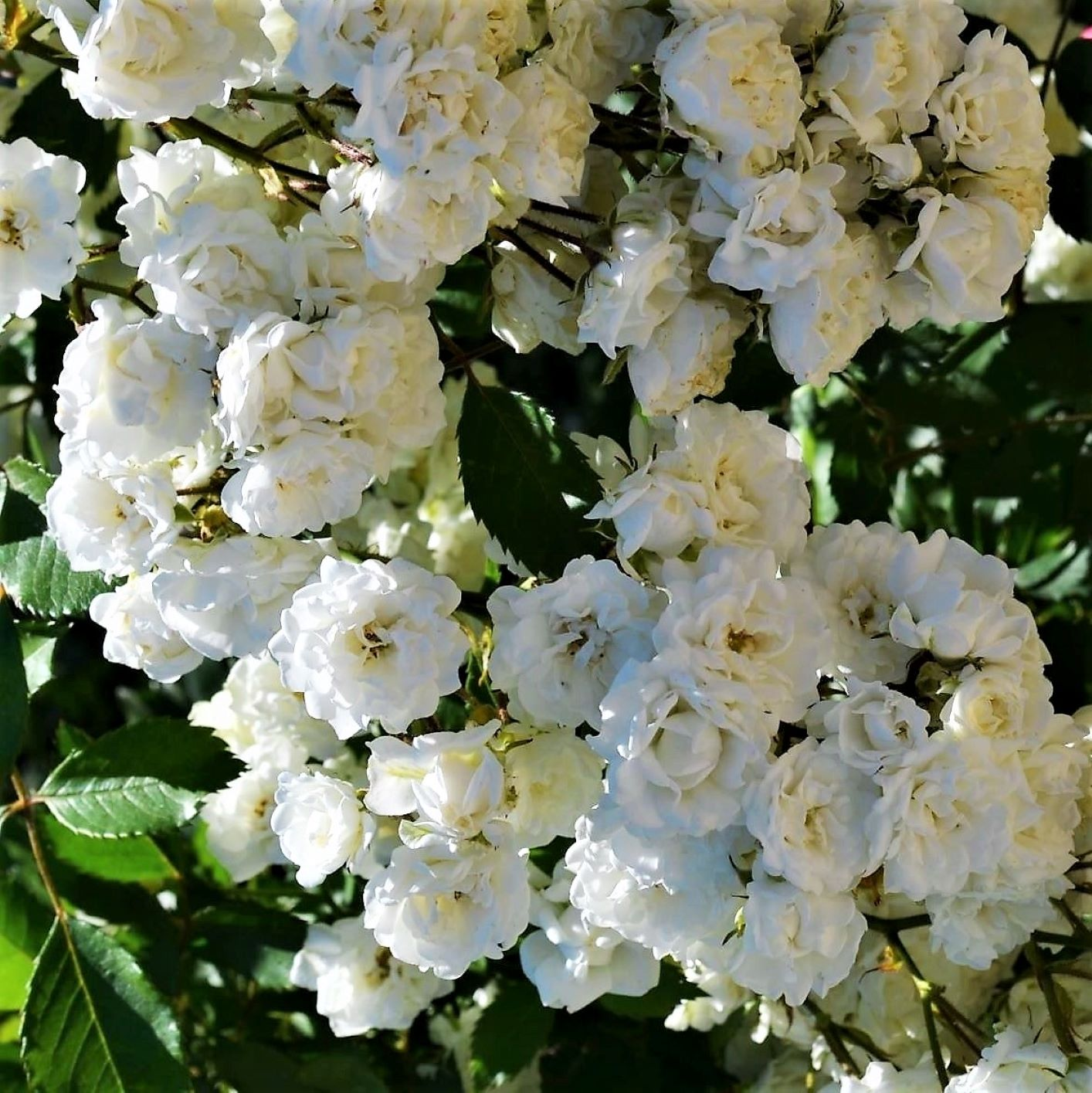
‘Sylvie Leblanc’, Louis Lens, 1991
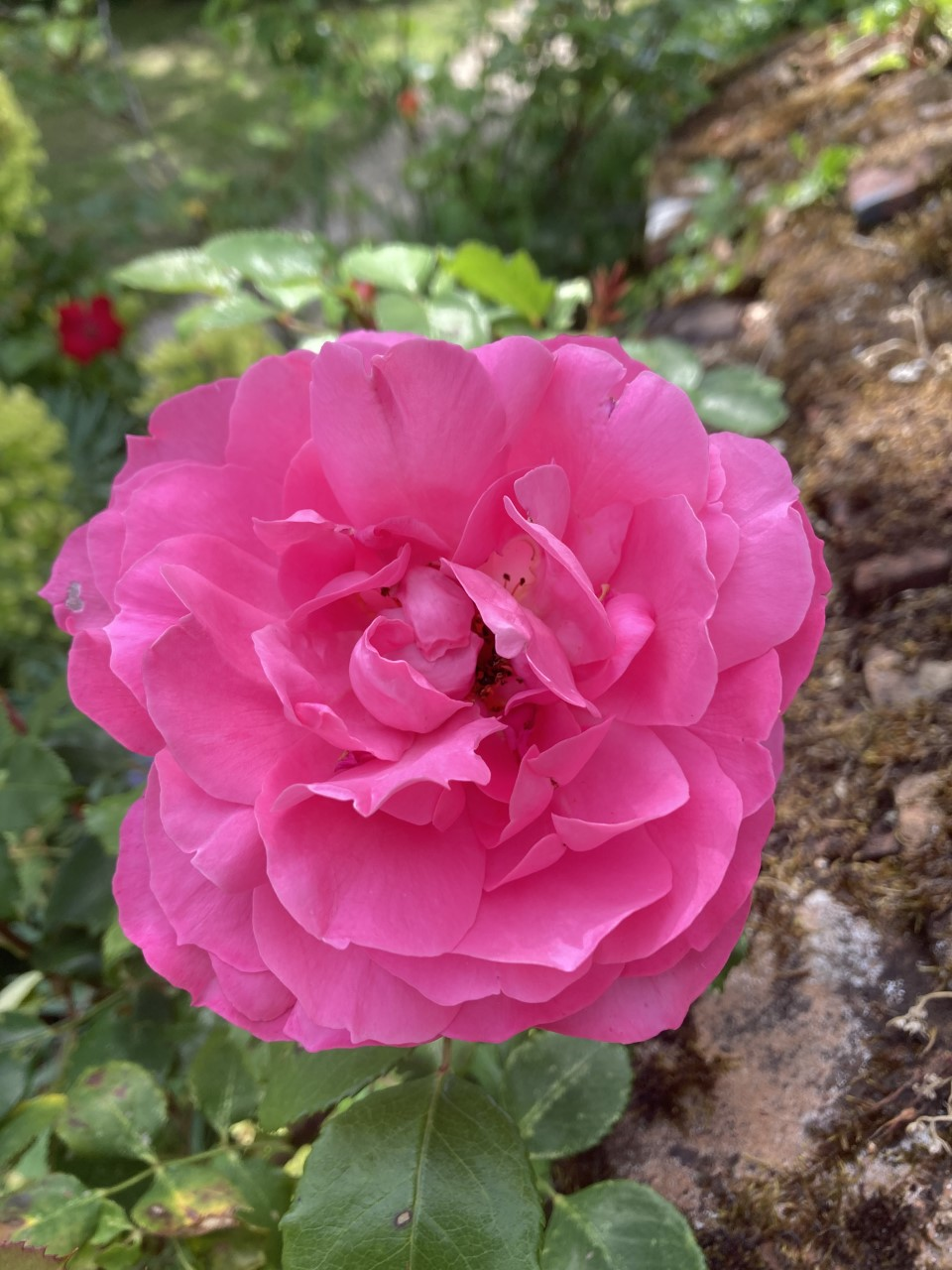
‘Sylvie Vartan’, André Eve, 1969
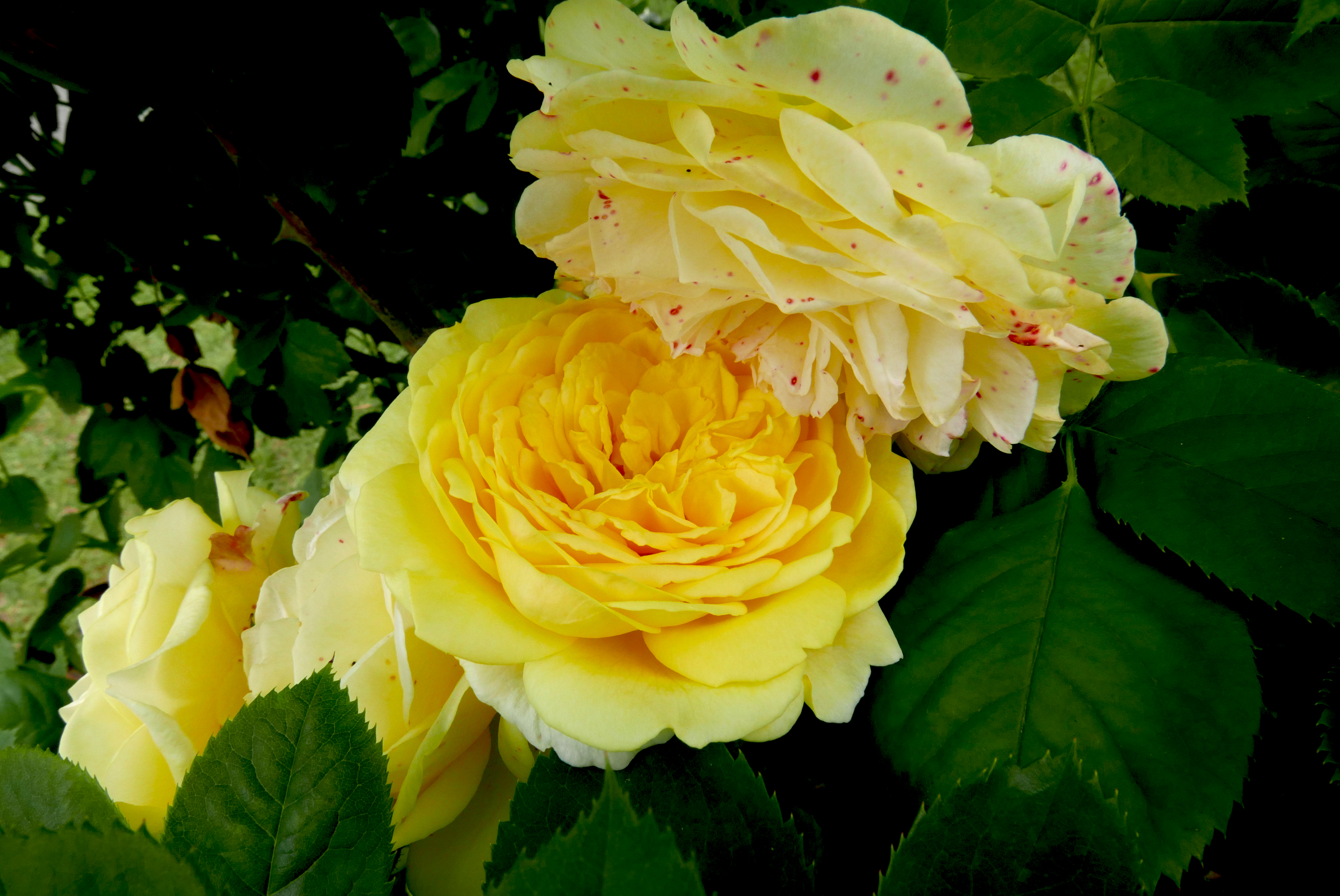
‘Symphony’, Austin, 1986

## T

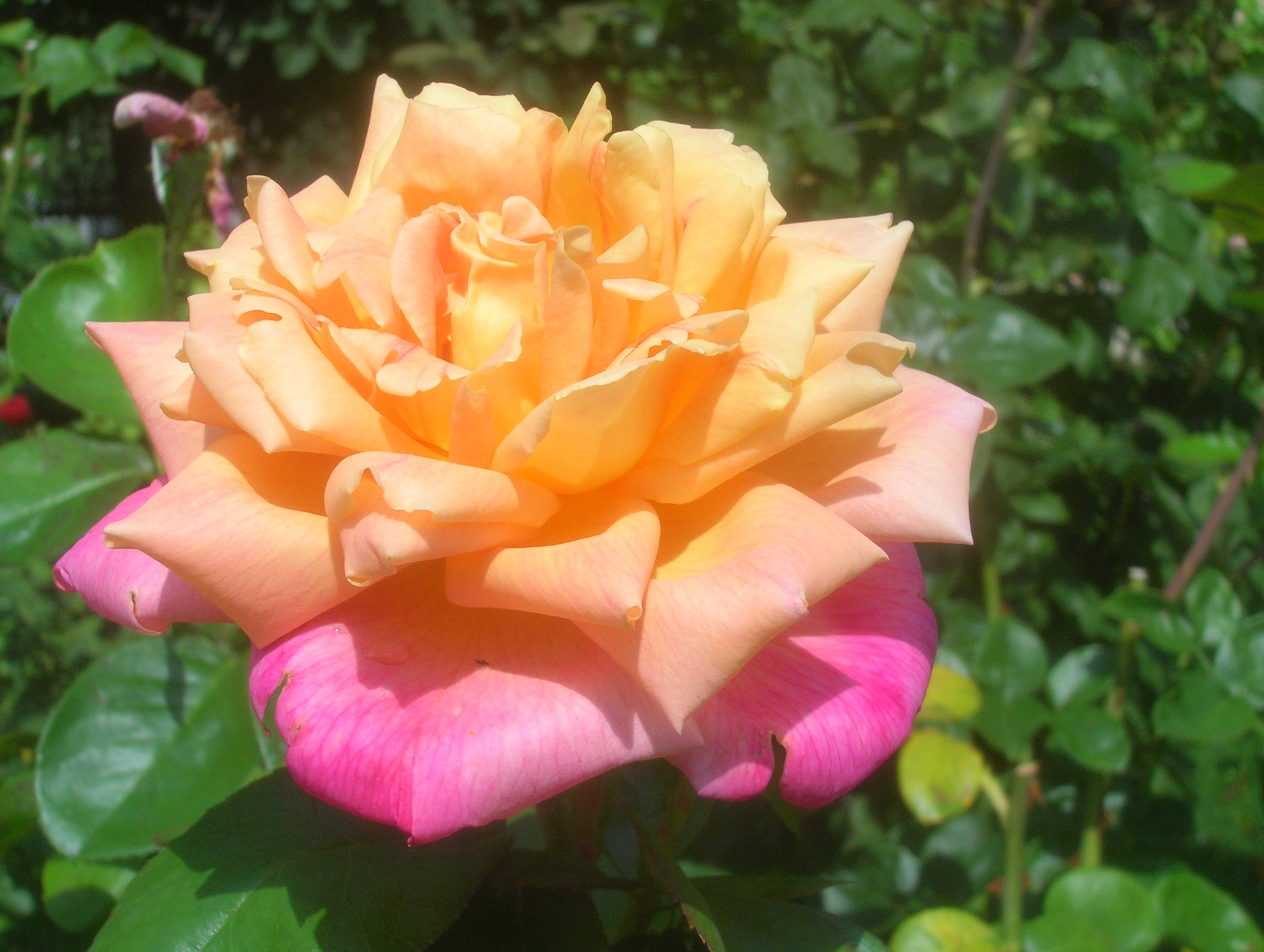
‘Tahiti’, Meilland, 1957
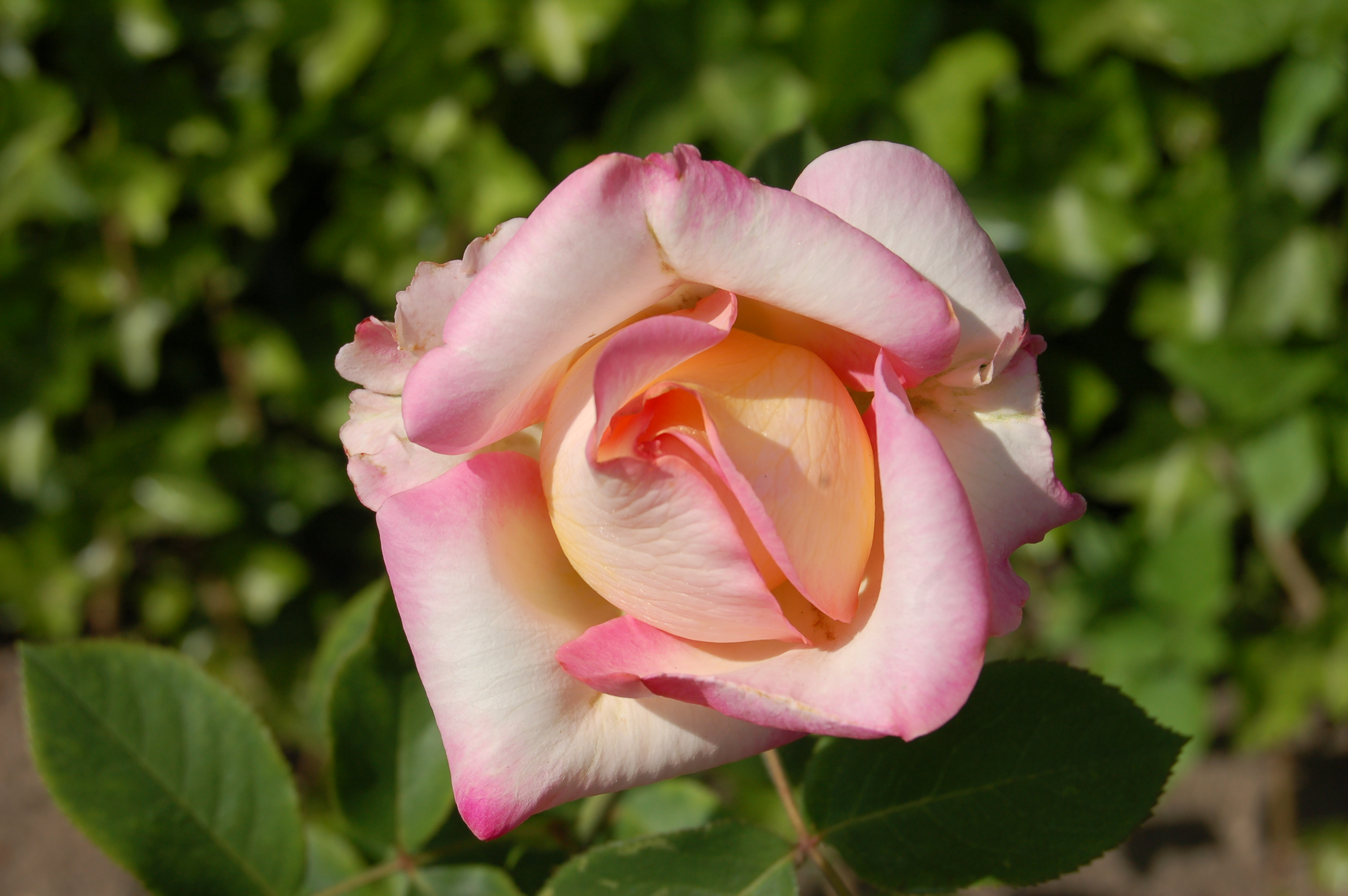
‘Taiga’, Tantau, 2001
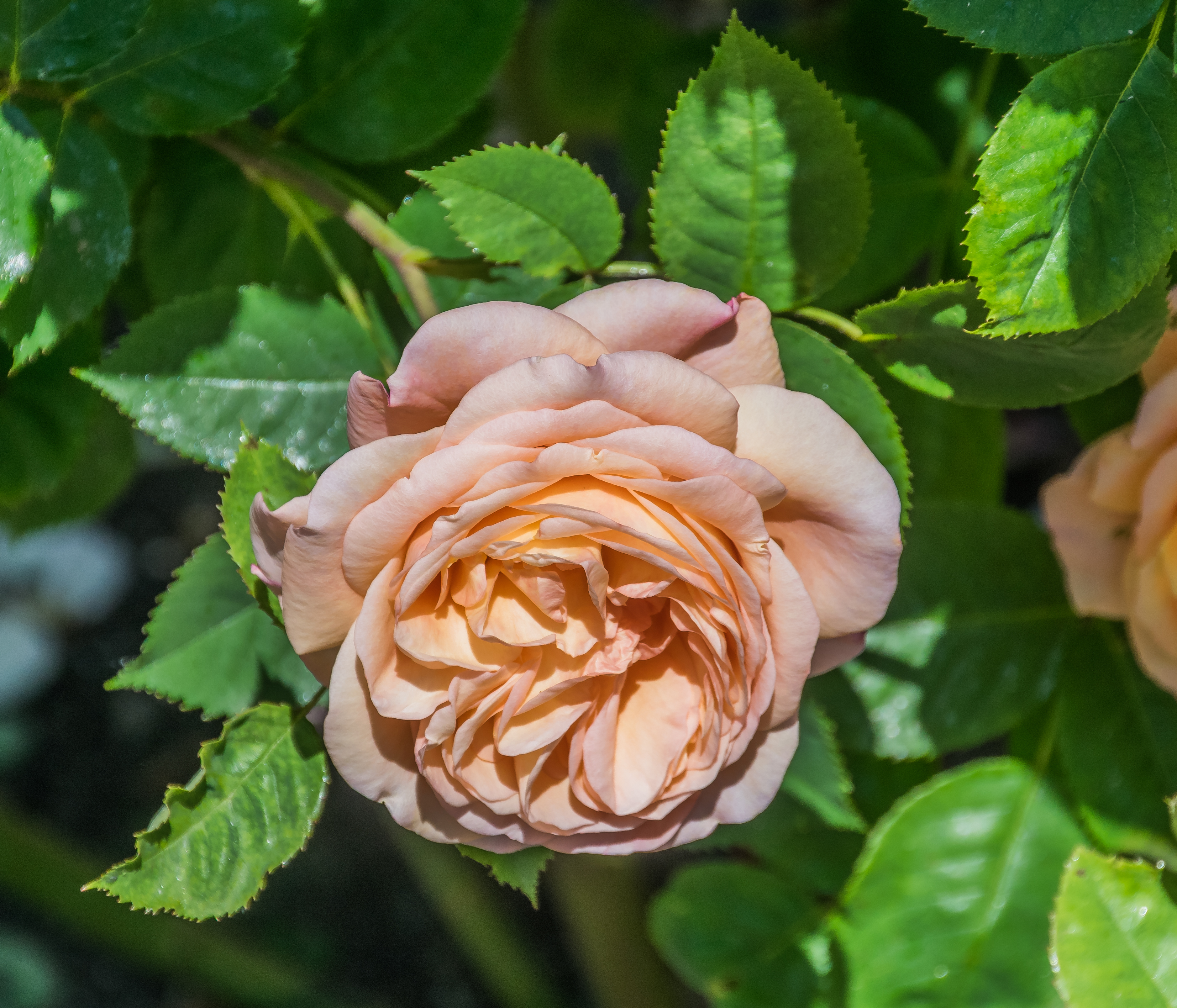
‘Tamora’, David Austin, 1983
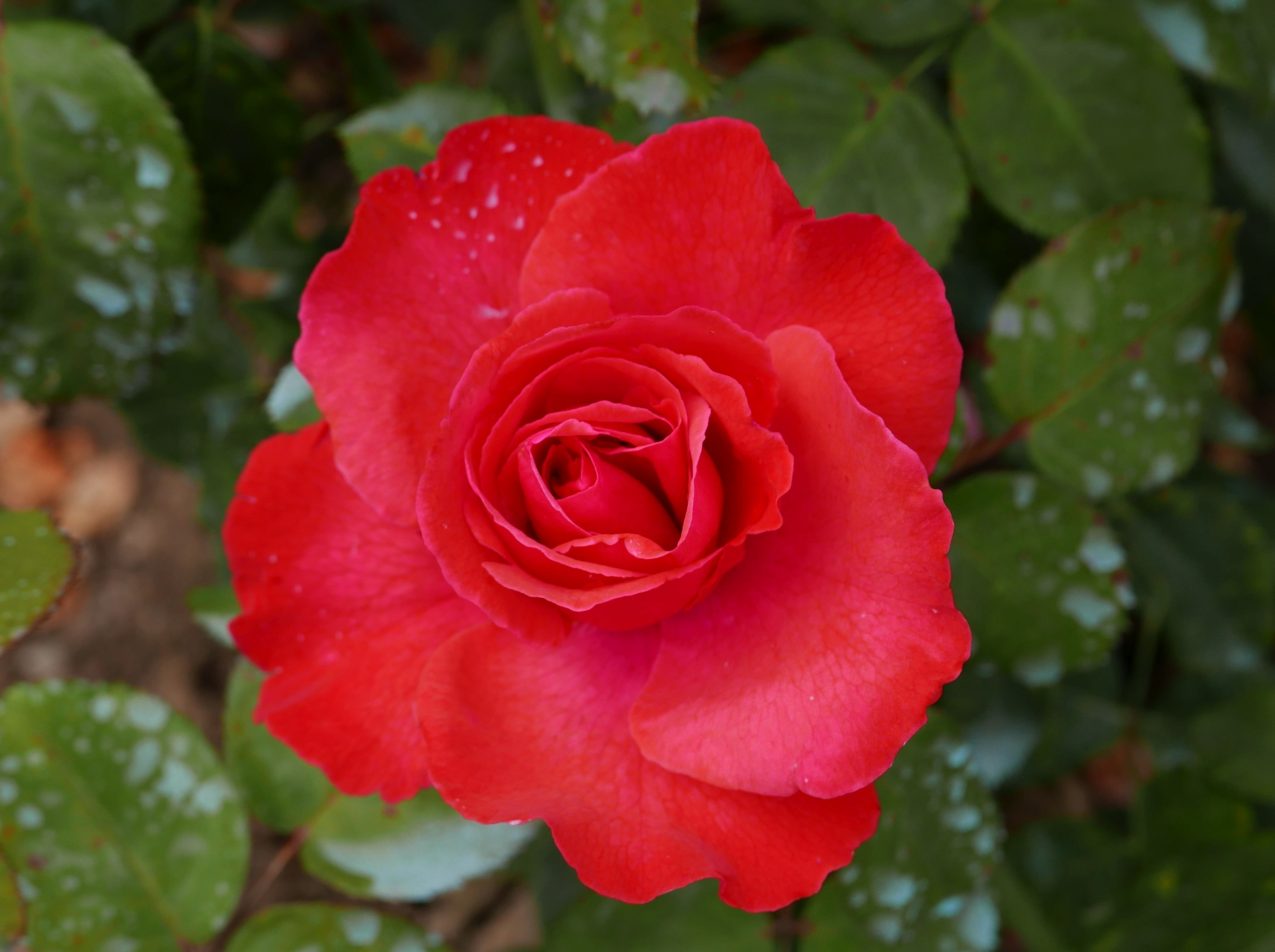
‘Tante Frieda’, Michler, 1995
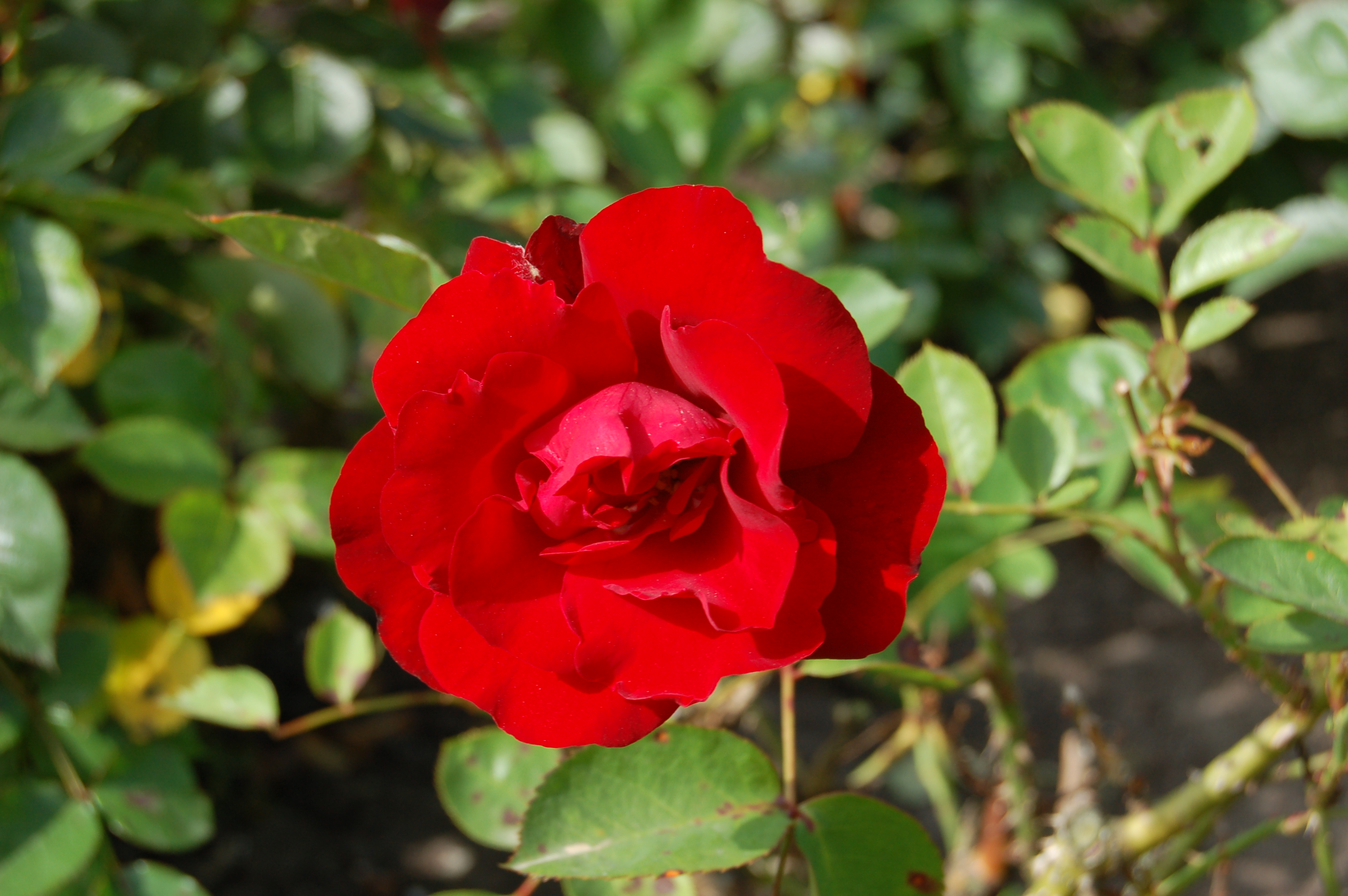
‘Taranga’, Tantau, 1982
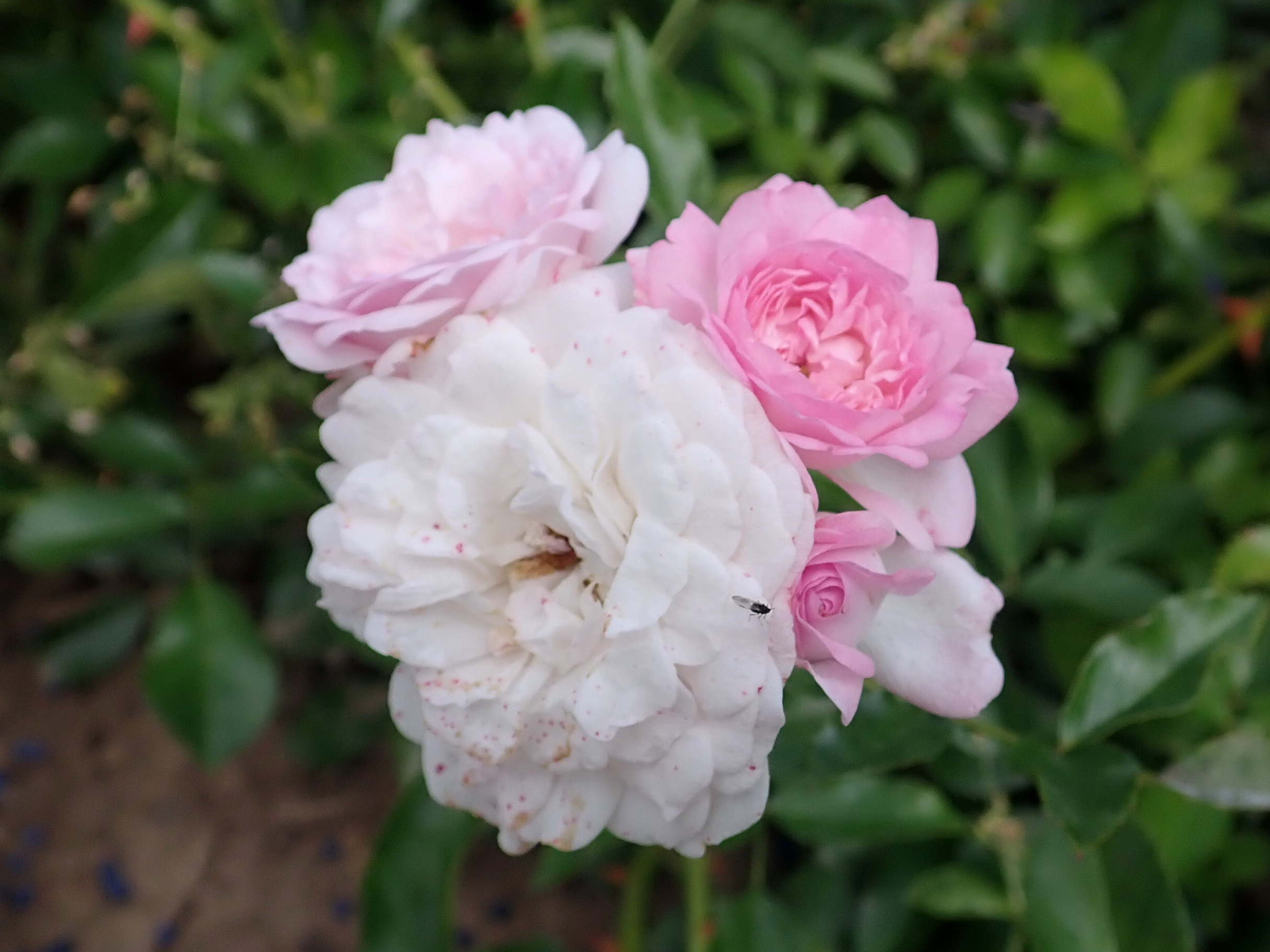
‘Tardajos’, Thorsten König, 2014
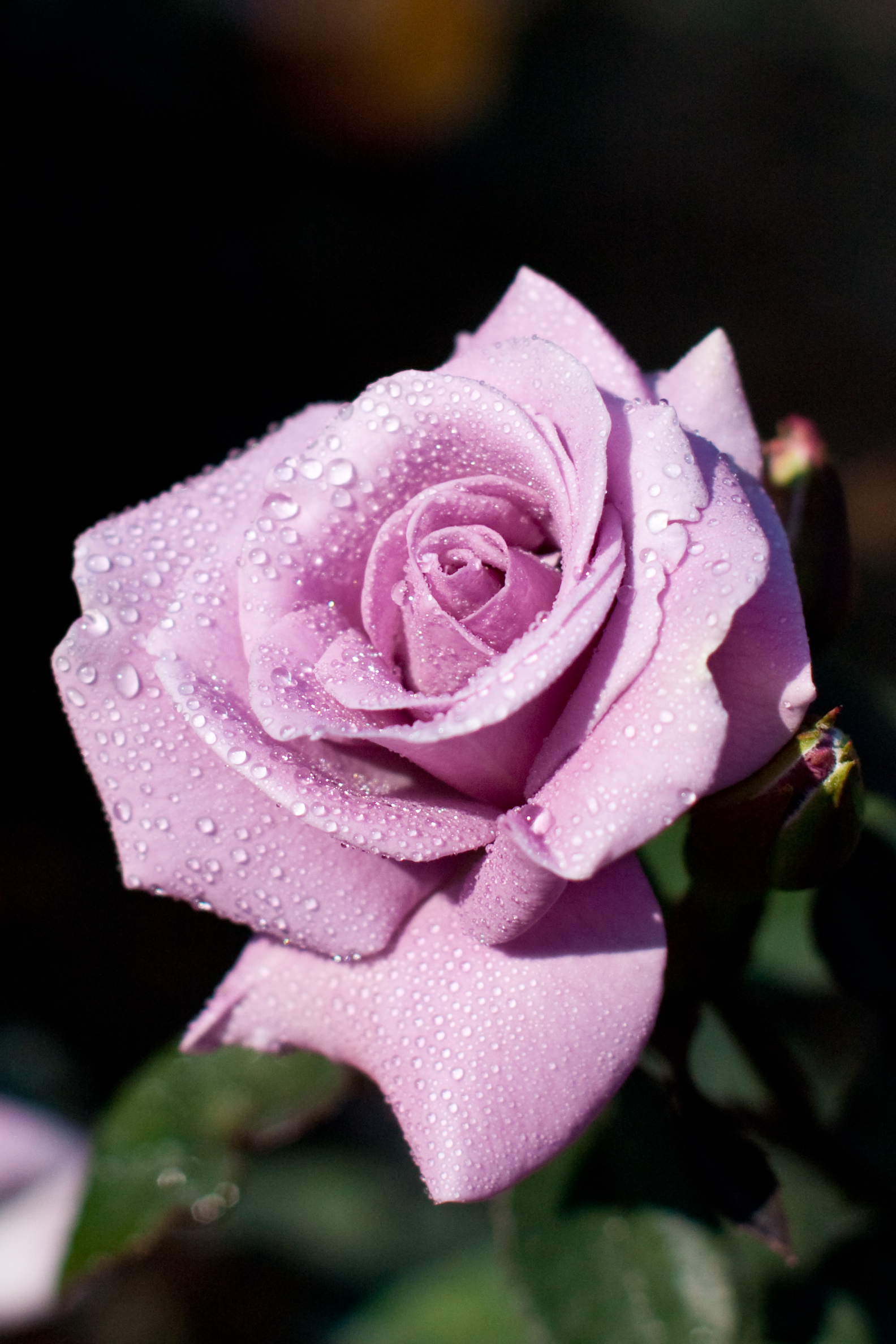
‘Tasogare’, Moriji Kobayashi, 1977
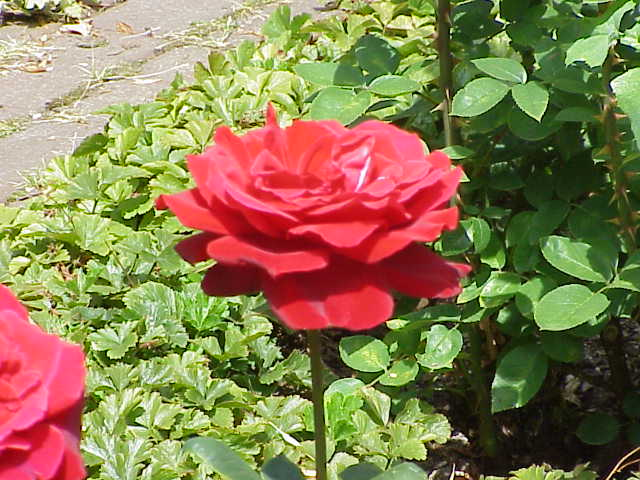
‘Tatjana’, Kordes, 1970
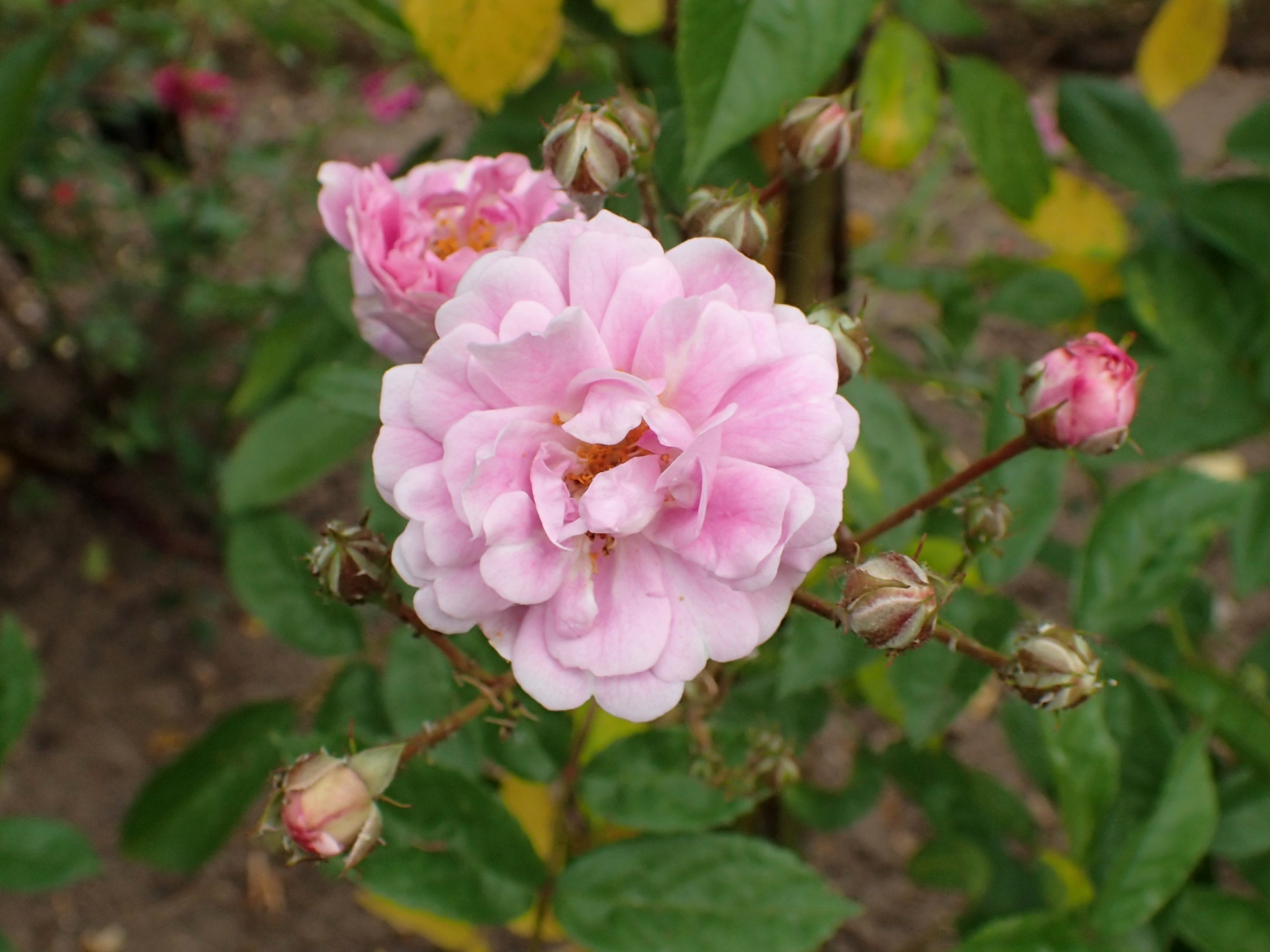
‘Taunusblümchen’, Christoph Weigand, 1902
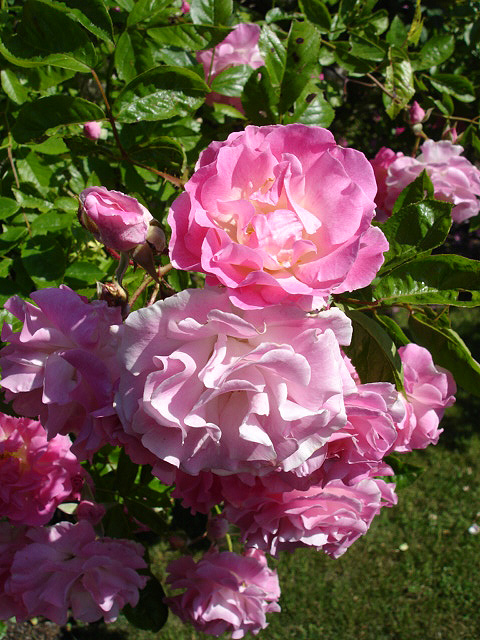
‘Tausendschön’, J. C. Schmidt/Kiese, 1906
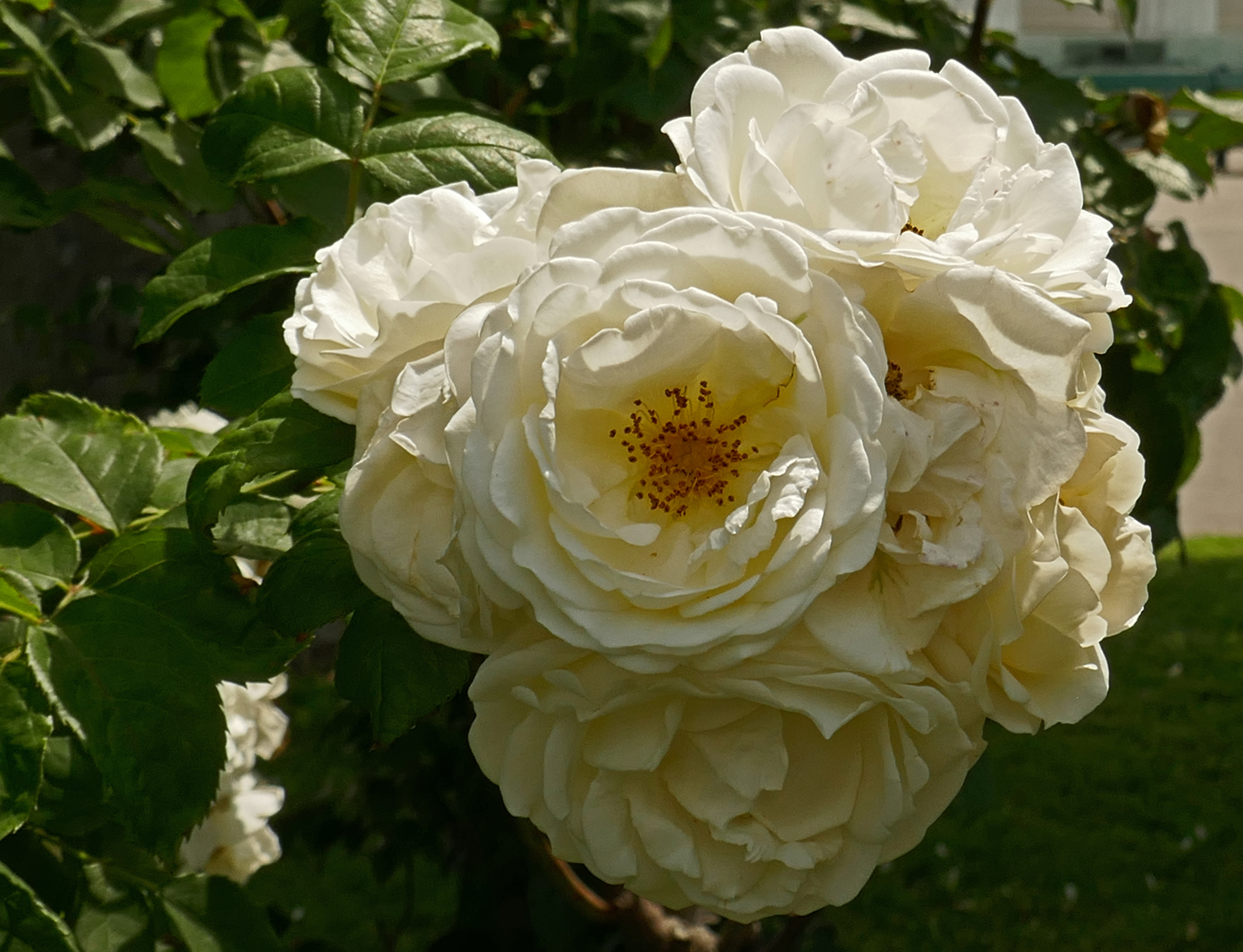
‘Taxandria’, Vissers, 2009
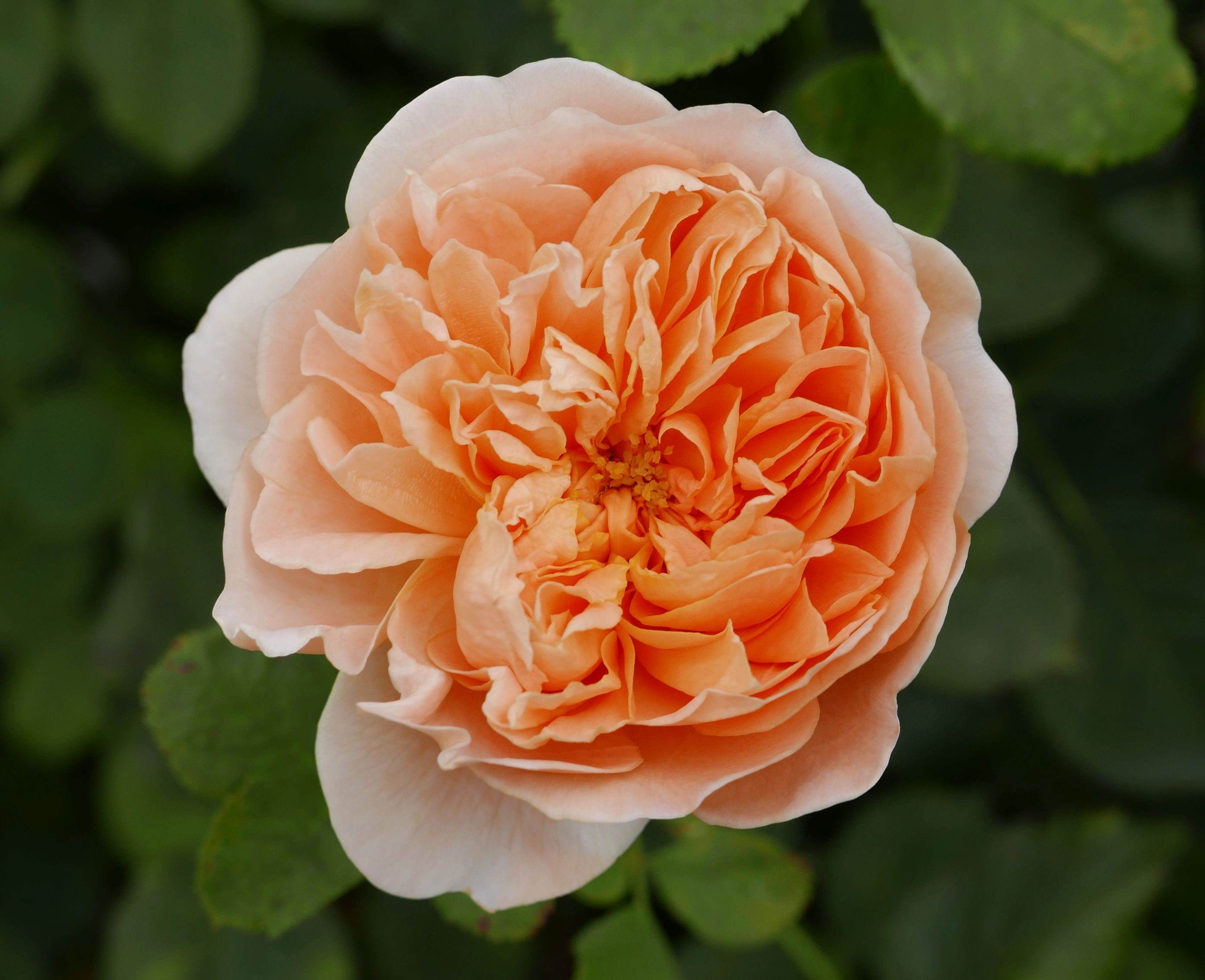
‘Tea Clipper’, Austin, 2006
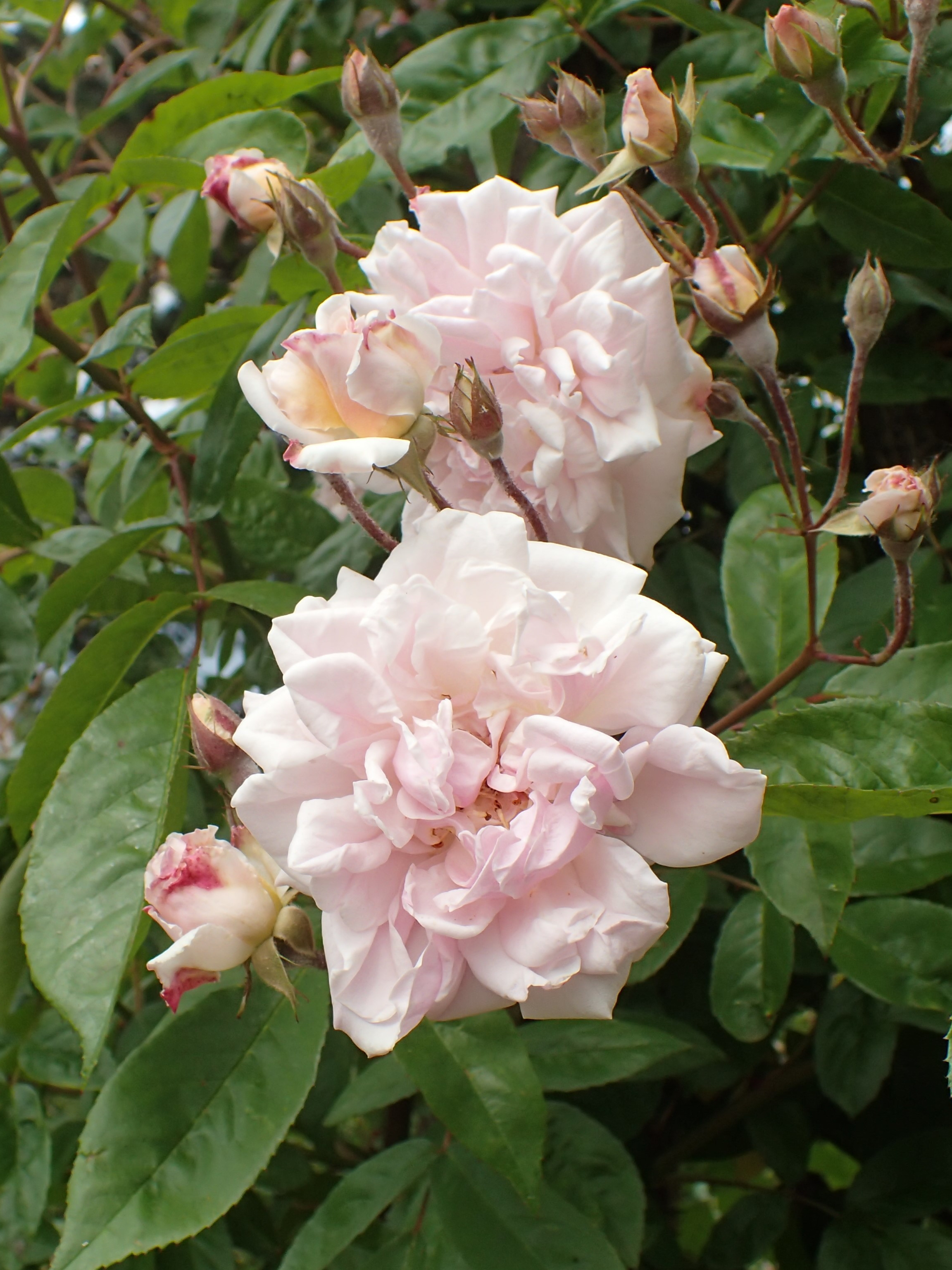
‘Tea Rambler’, George Paul, 1902
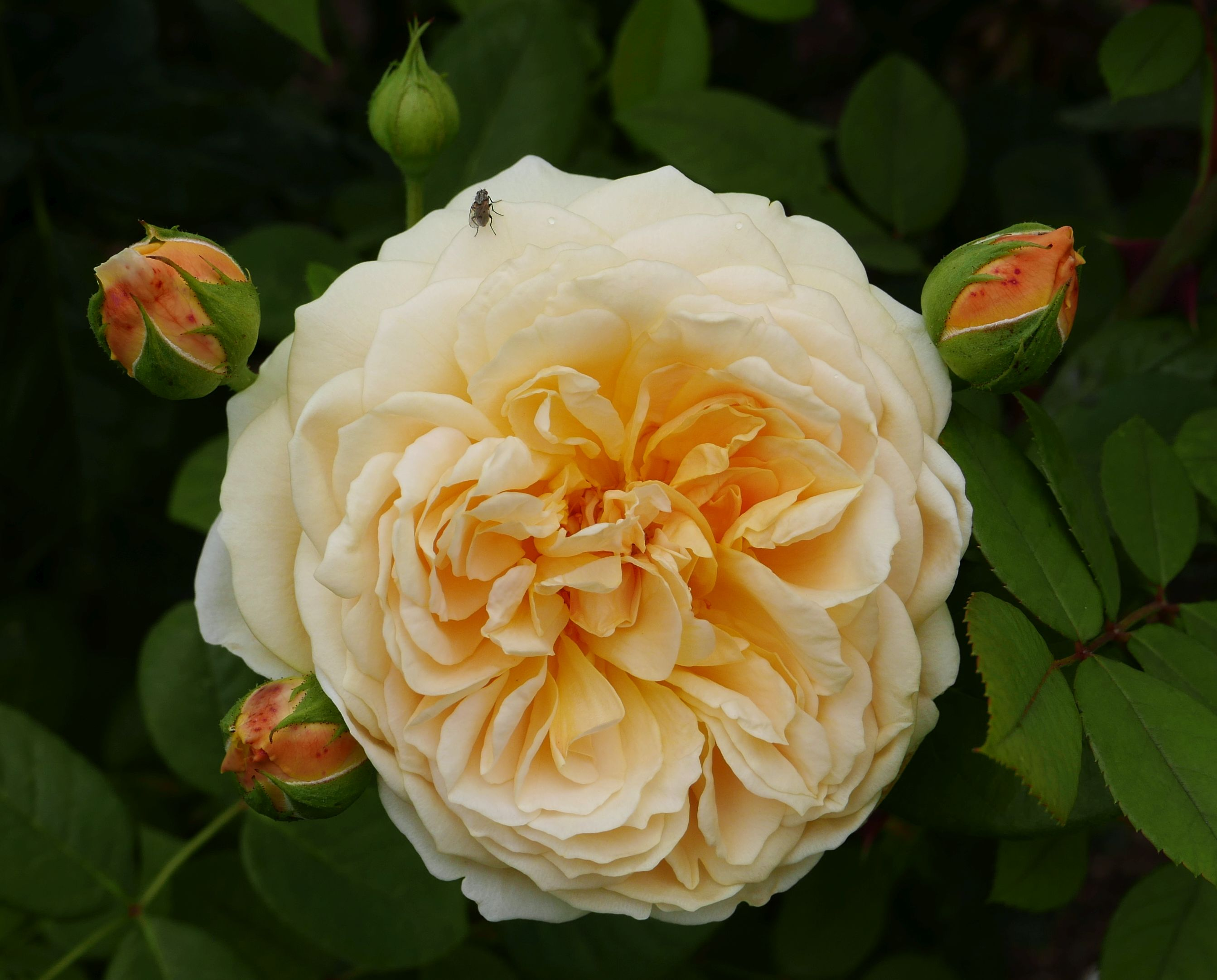
‘Teasing Georgia’, David Austin, 1998
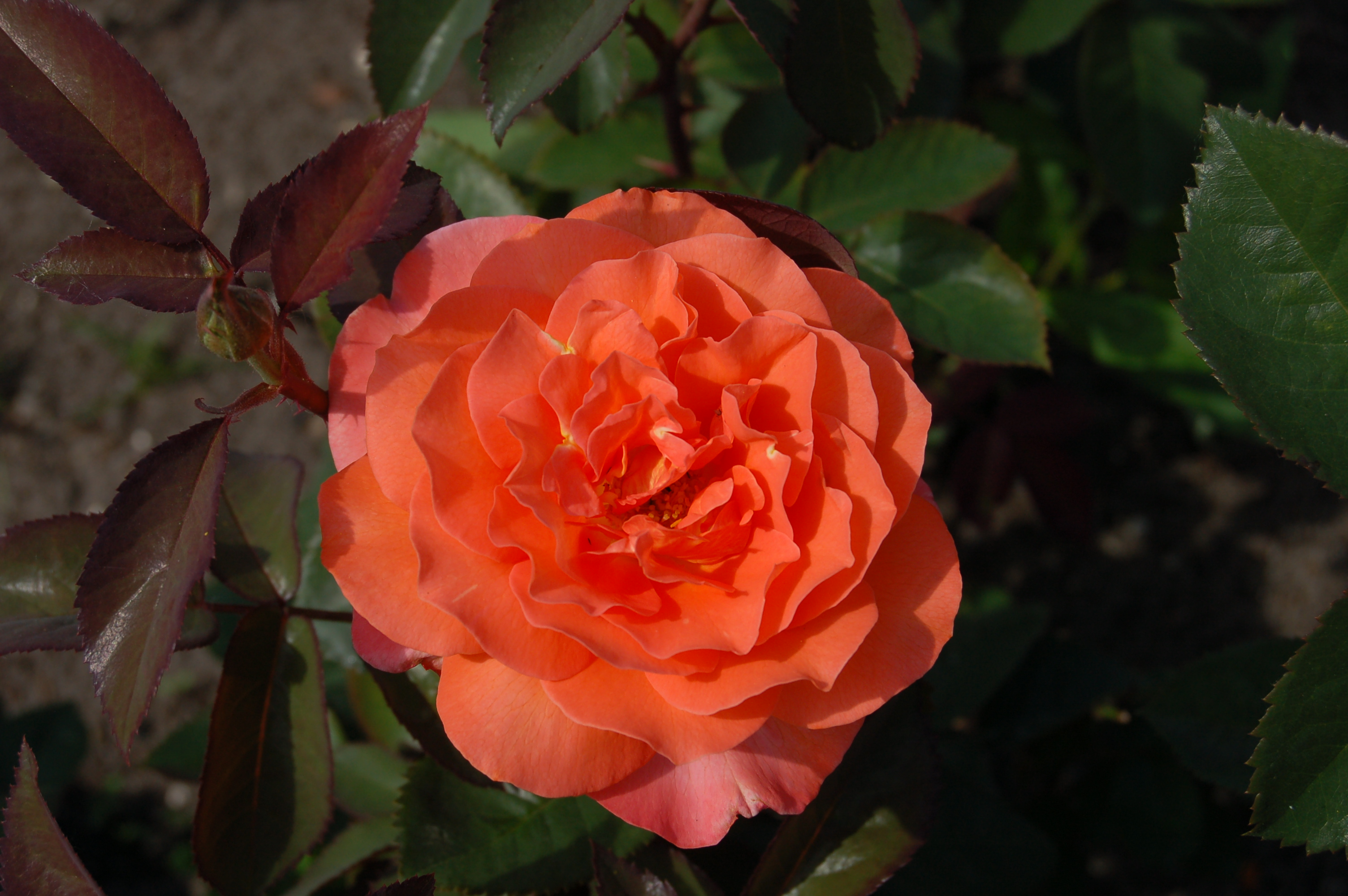
‘Tea Time’, Tantau, 1994
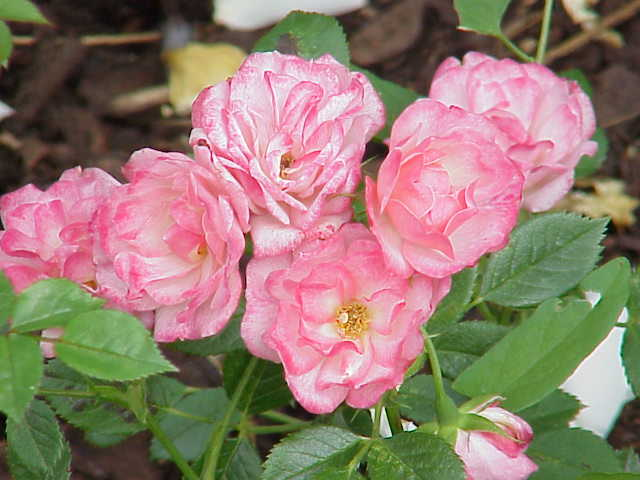
‘Teeny Weeny’, Poulsen, 1983
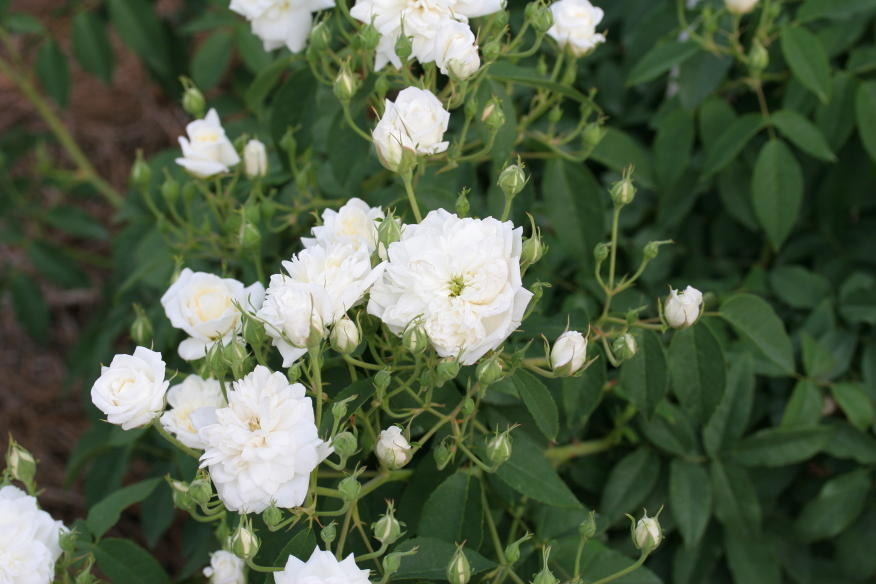
‘Temple Musk’, Rosa moschata, Unbekannt
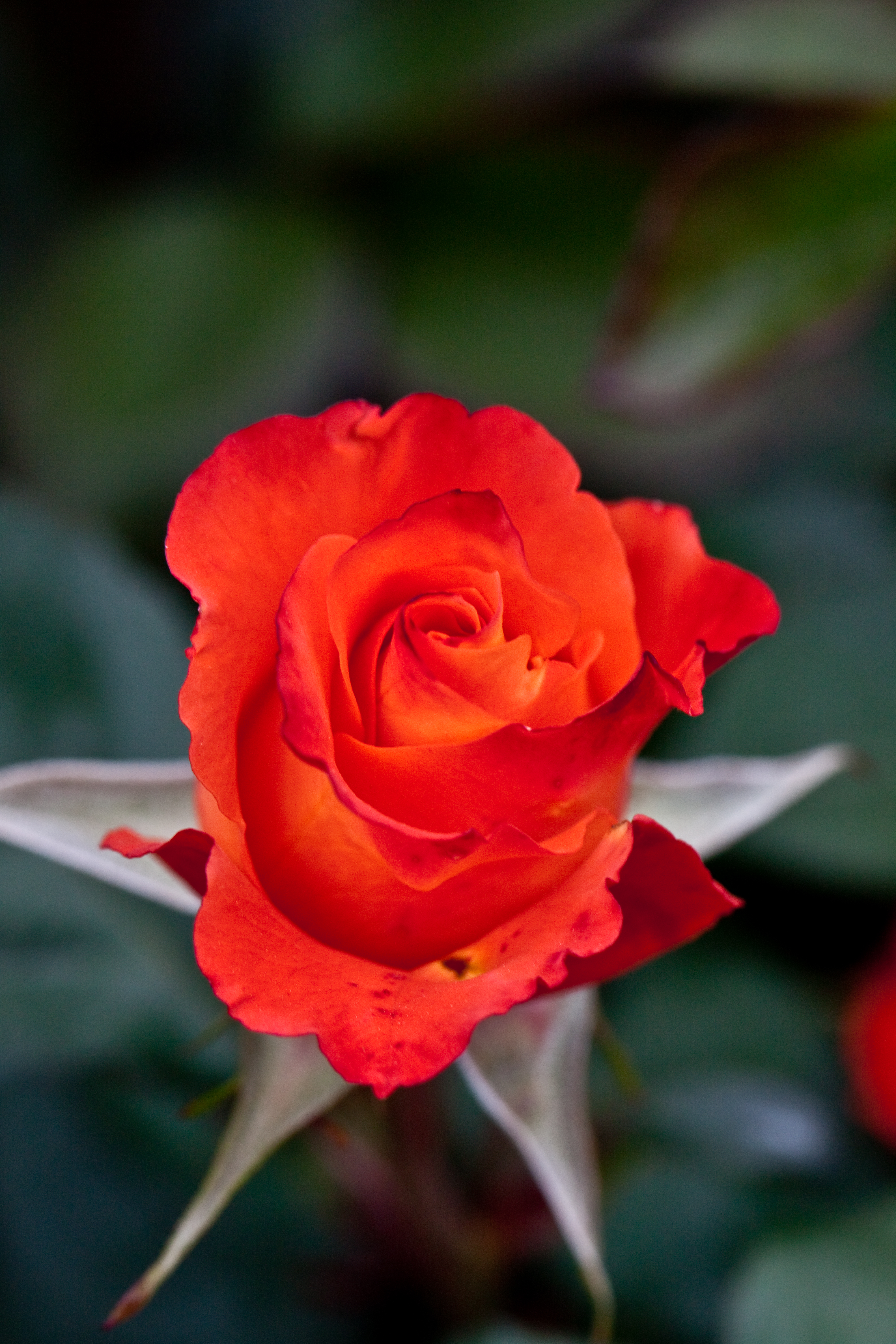
‘Tequila’, Meilland, 1985
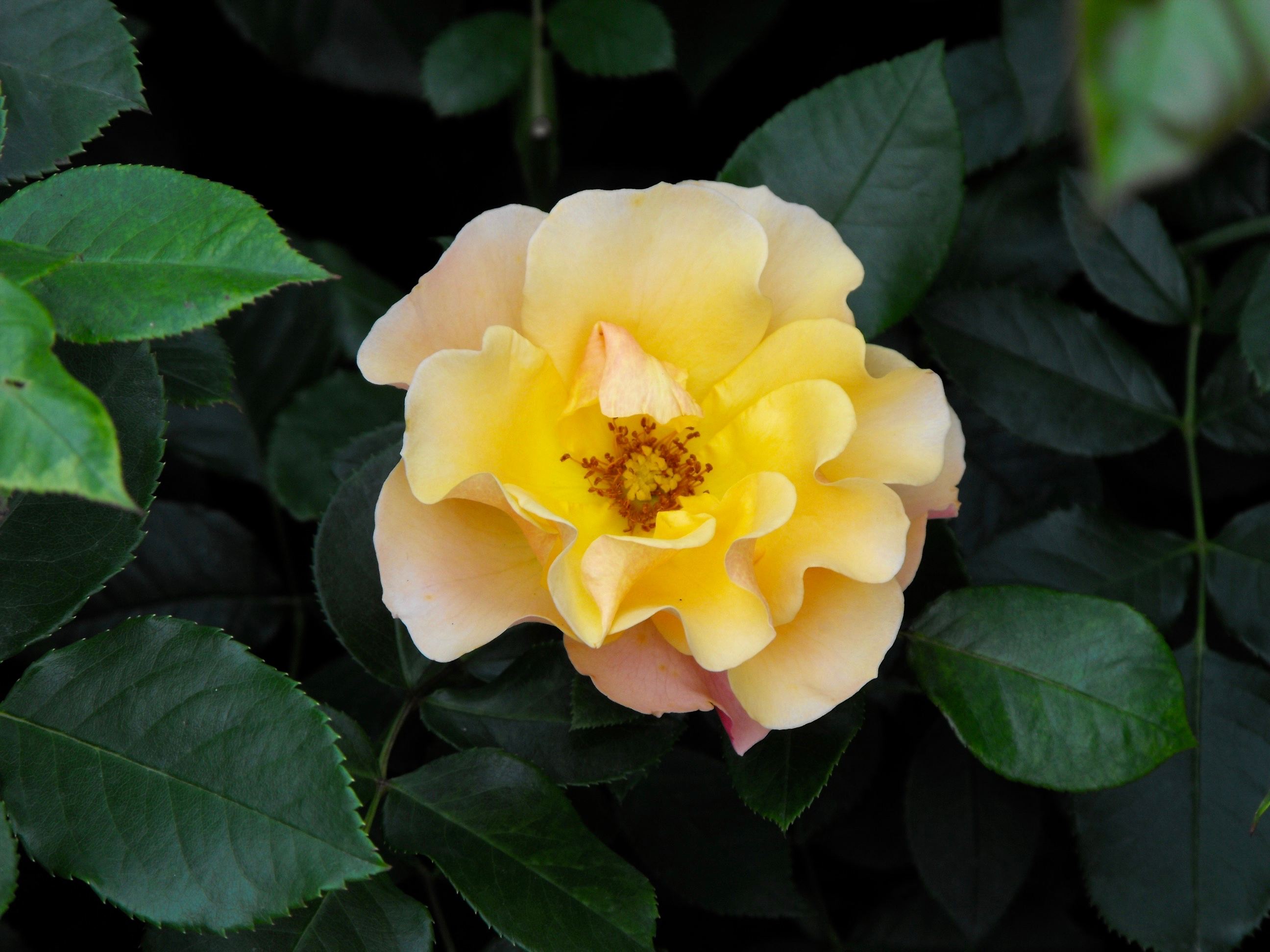
‘Tequila’, Meilland, 2003
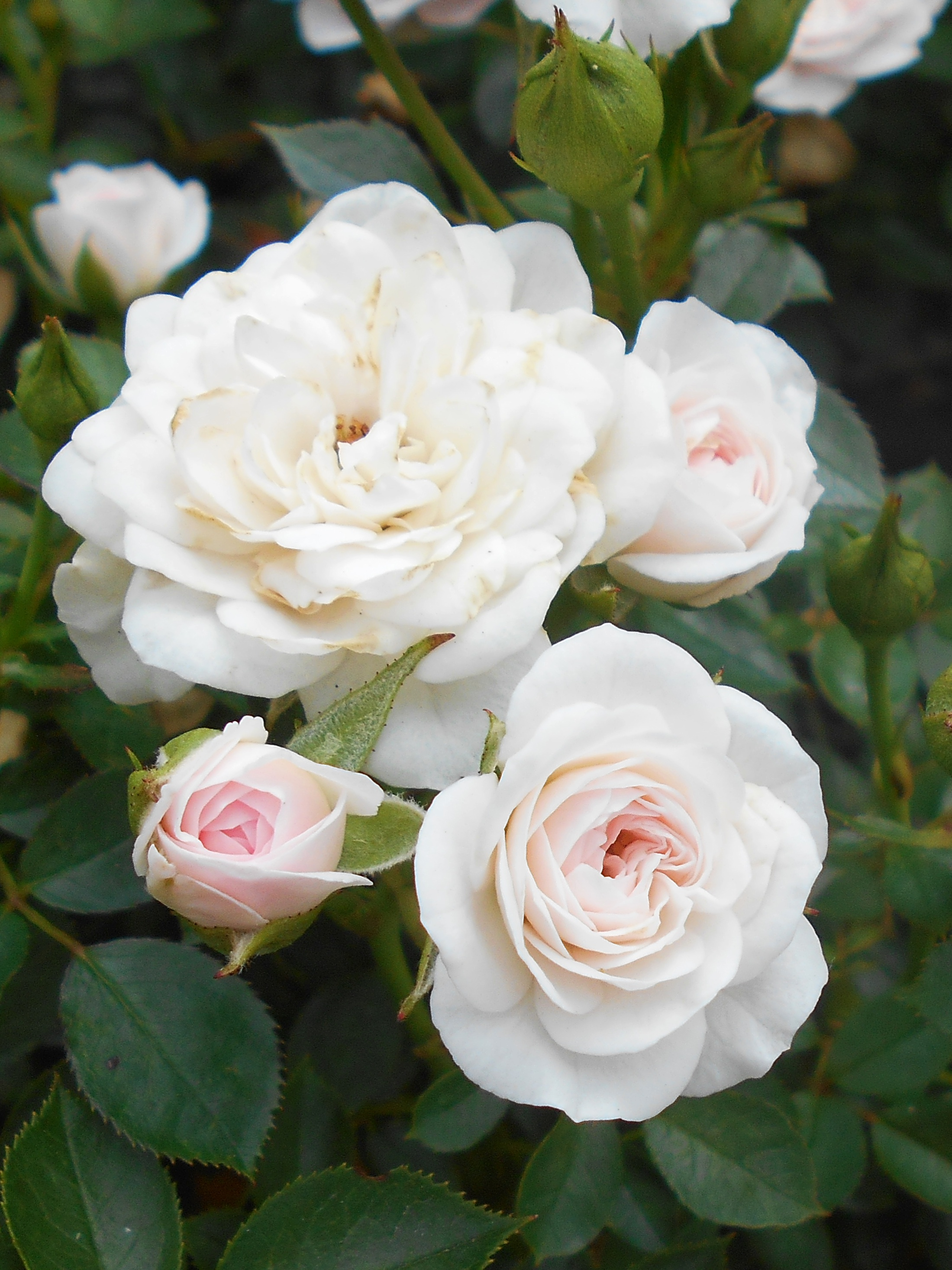
‘Tereska’ (eigtl. 'Św. Tereska z Lisieux’), Stanisław Żyła, 1998
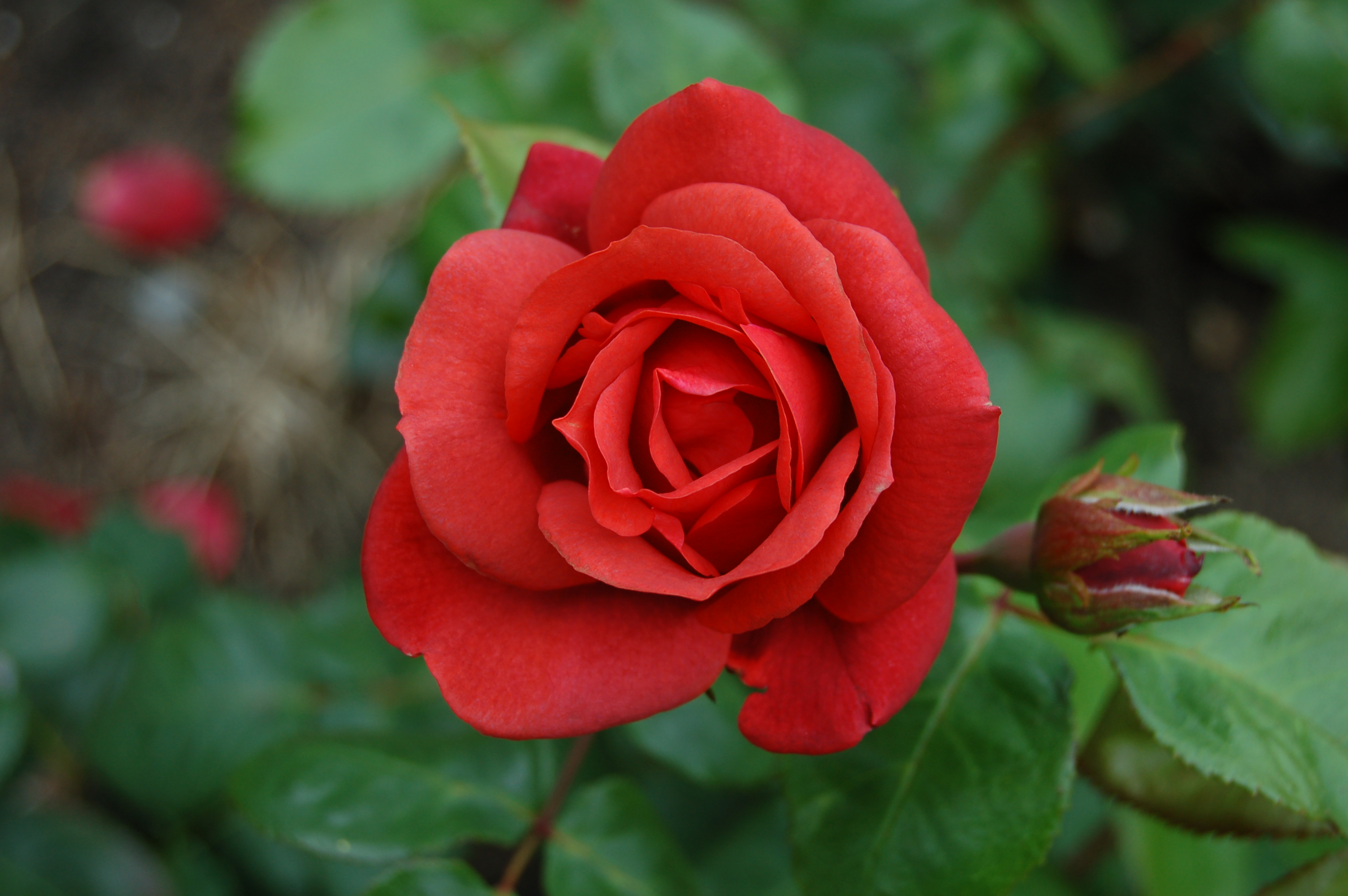
‘Terracotta’, Simson, 2001
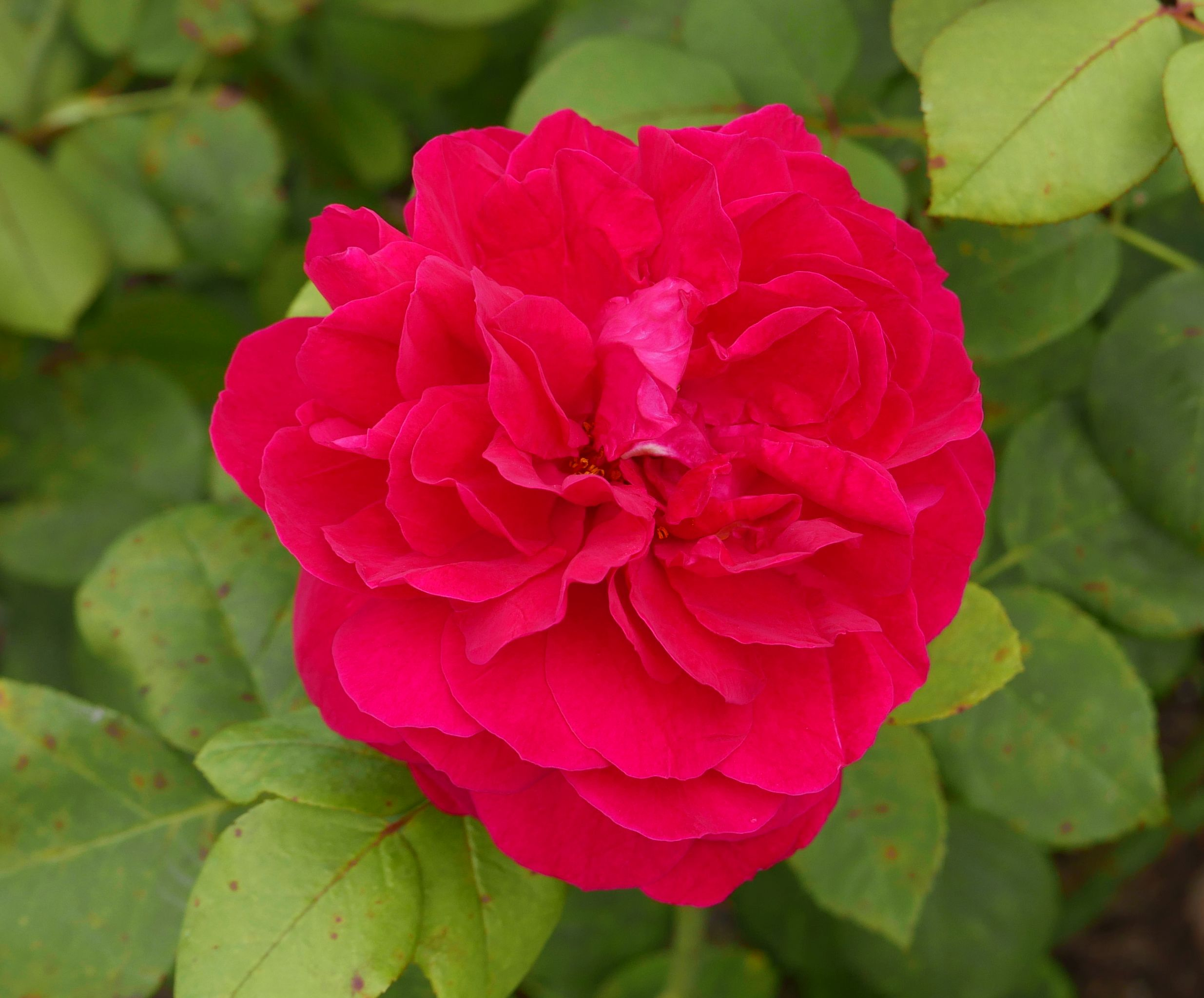
‘Tess of the d’Urbervilles’, Austin, 1998
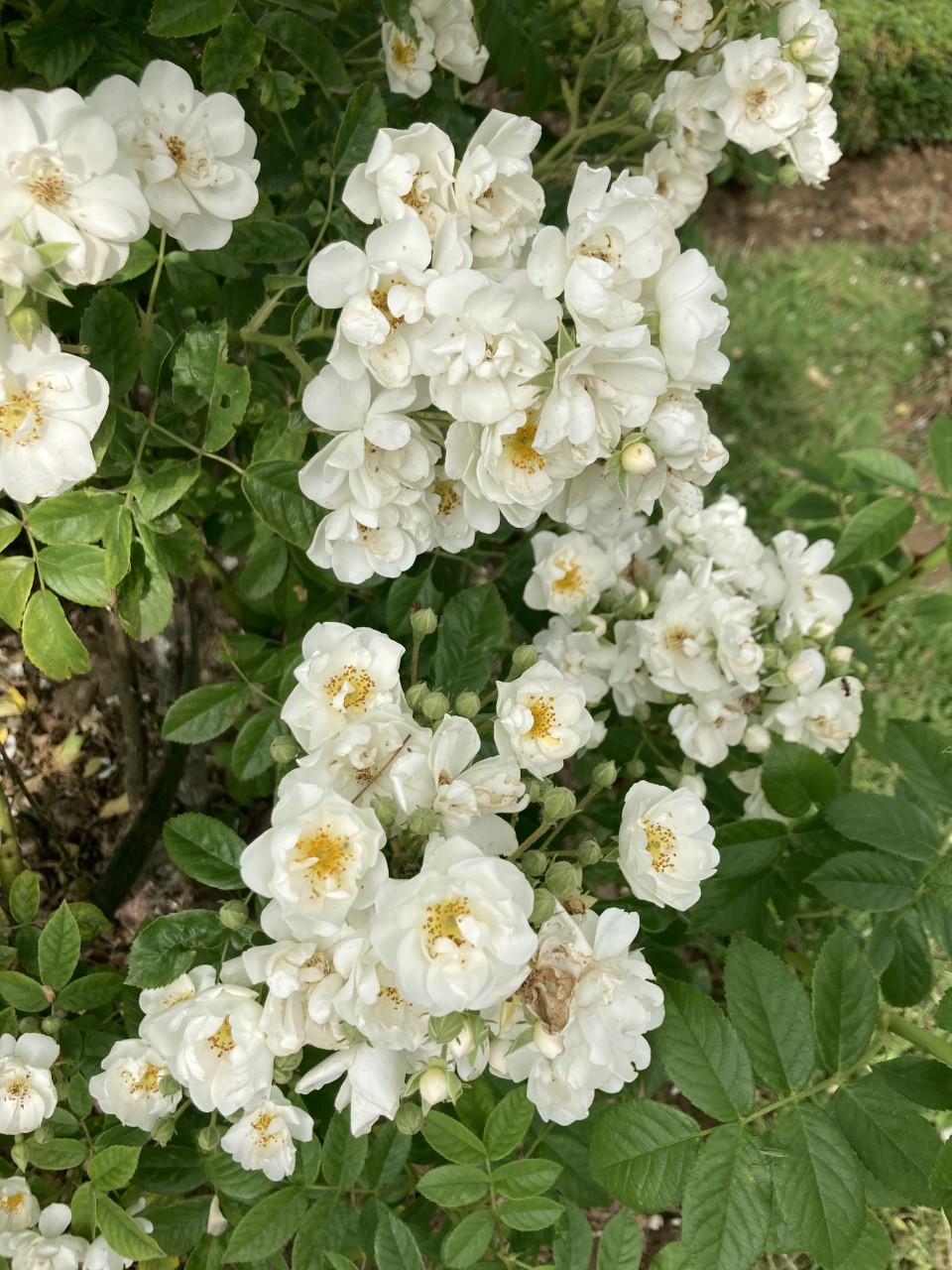
‘Thalia’, Schmitt, 1892
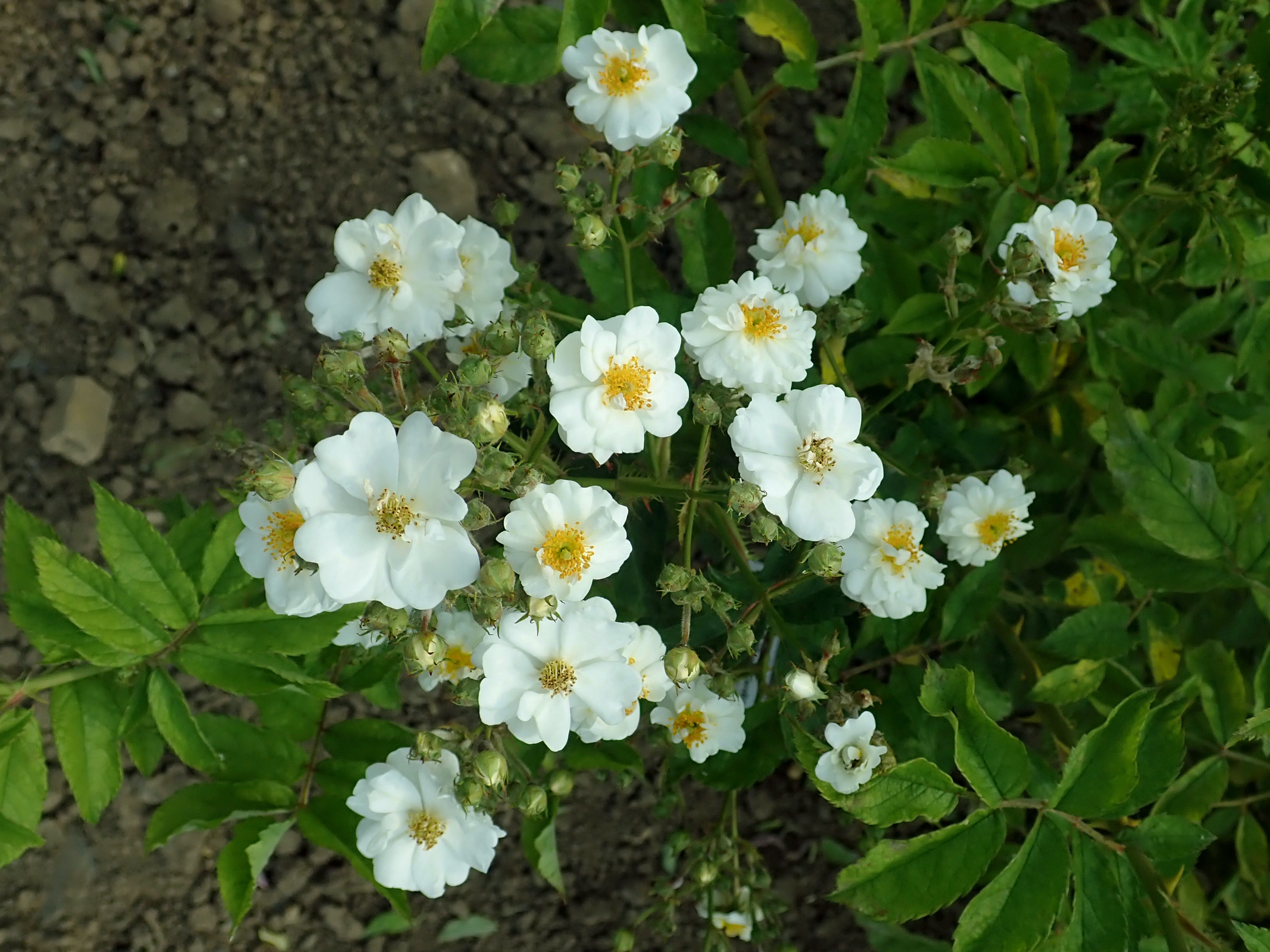
‘Thalia Remontant’, Peter Lambert, 1903
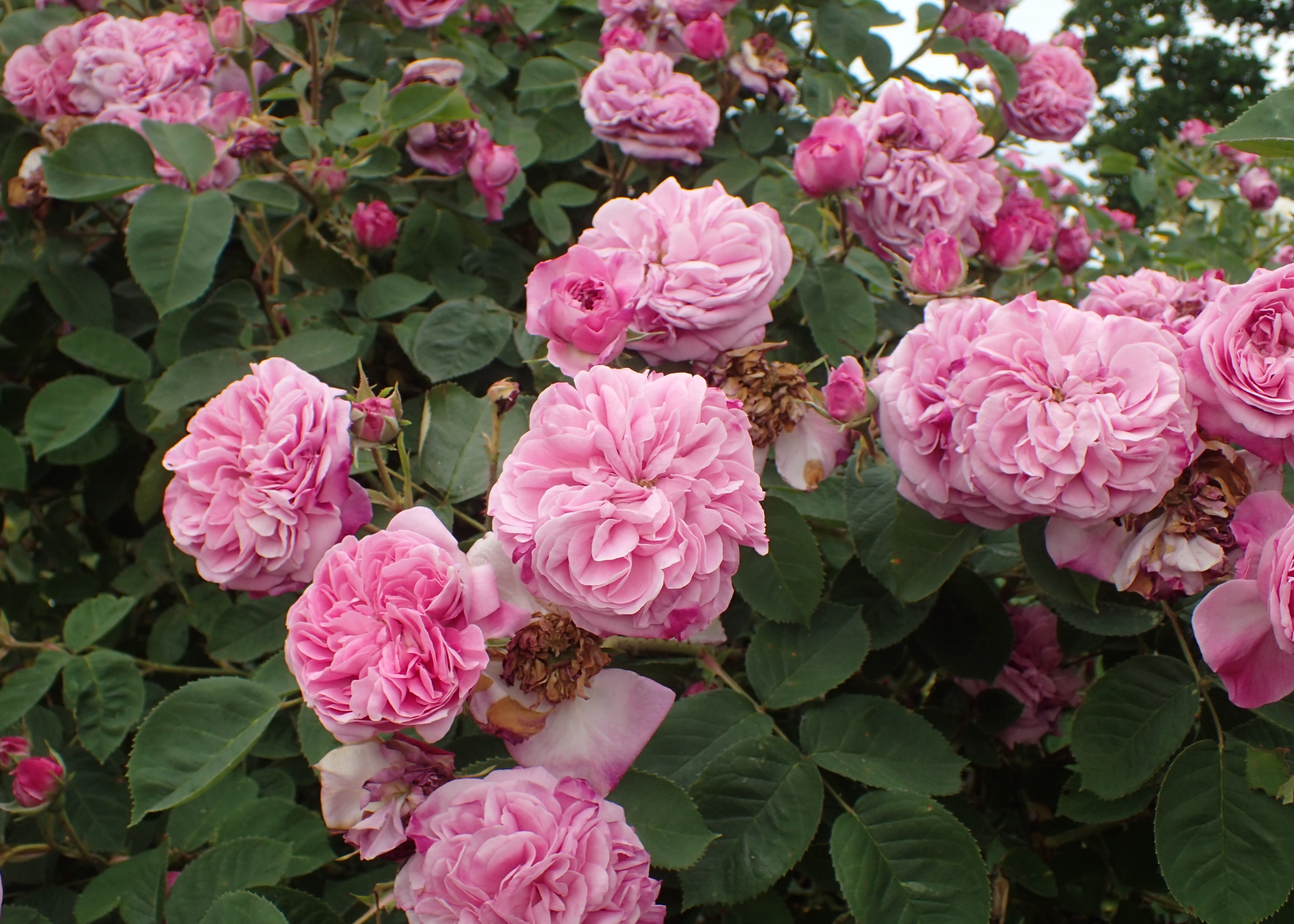
‘Thalie la Gentille’, Descemet, vor 1811
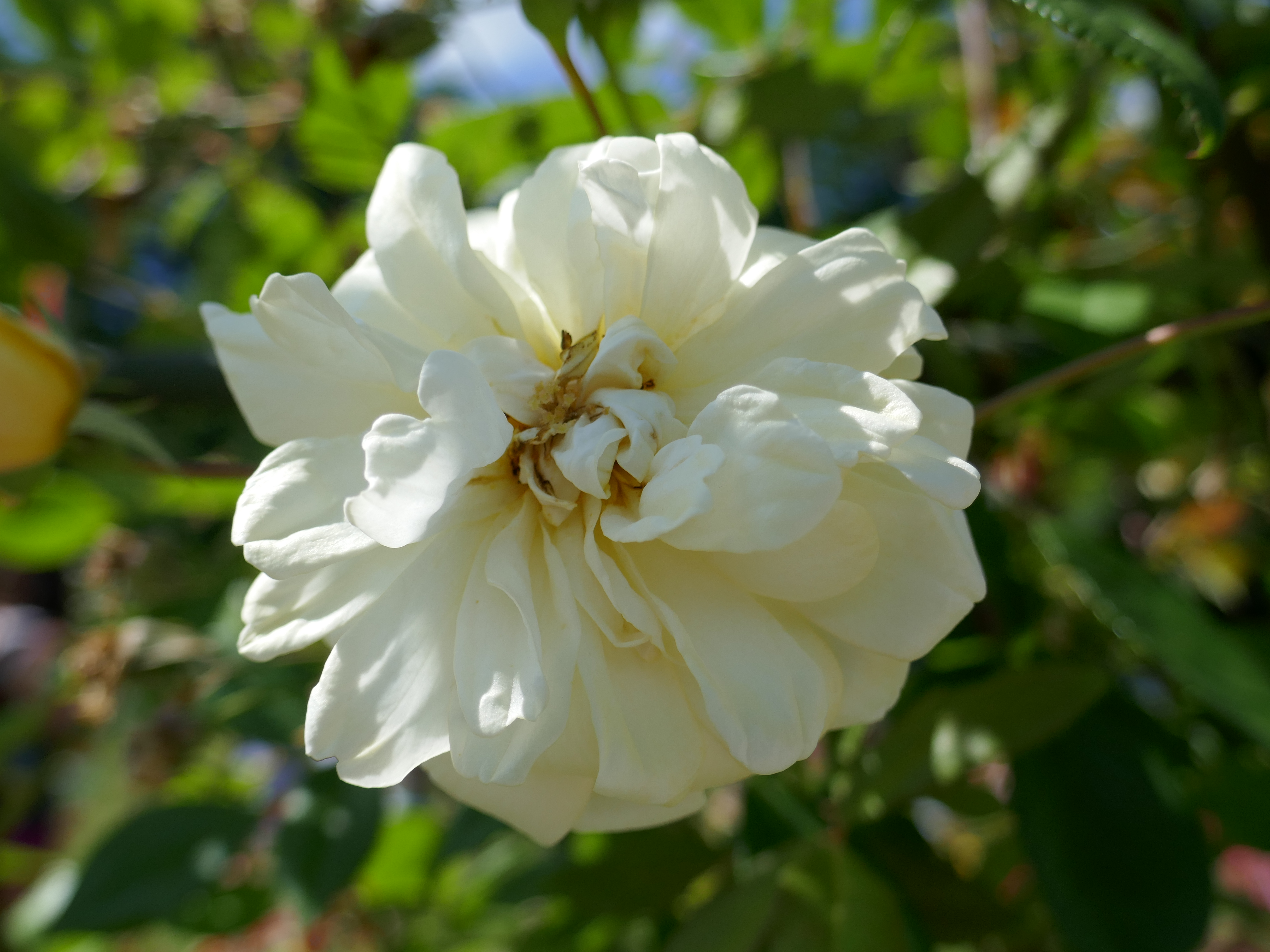
‘The Albrighton Rambler’, Austin, 2013
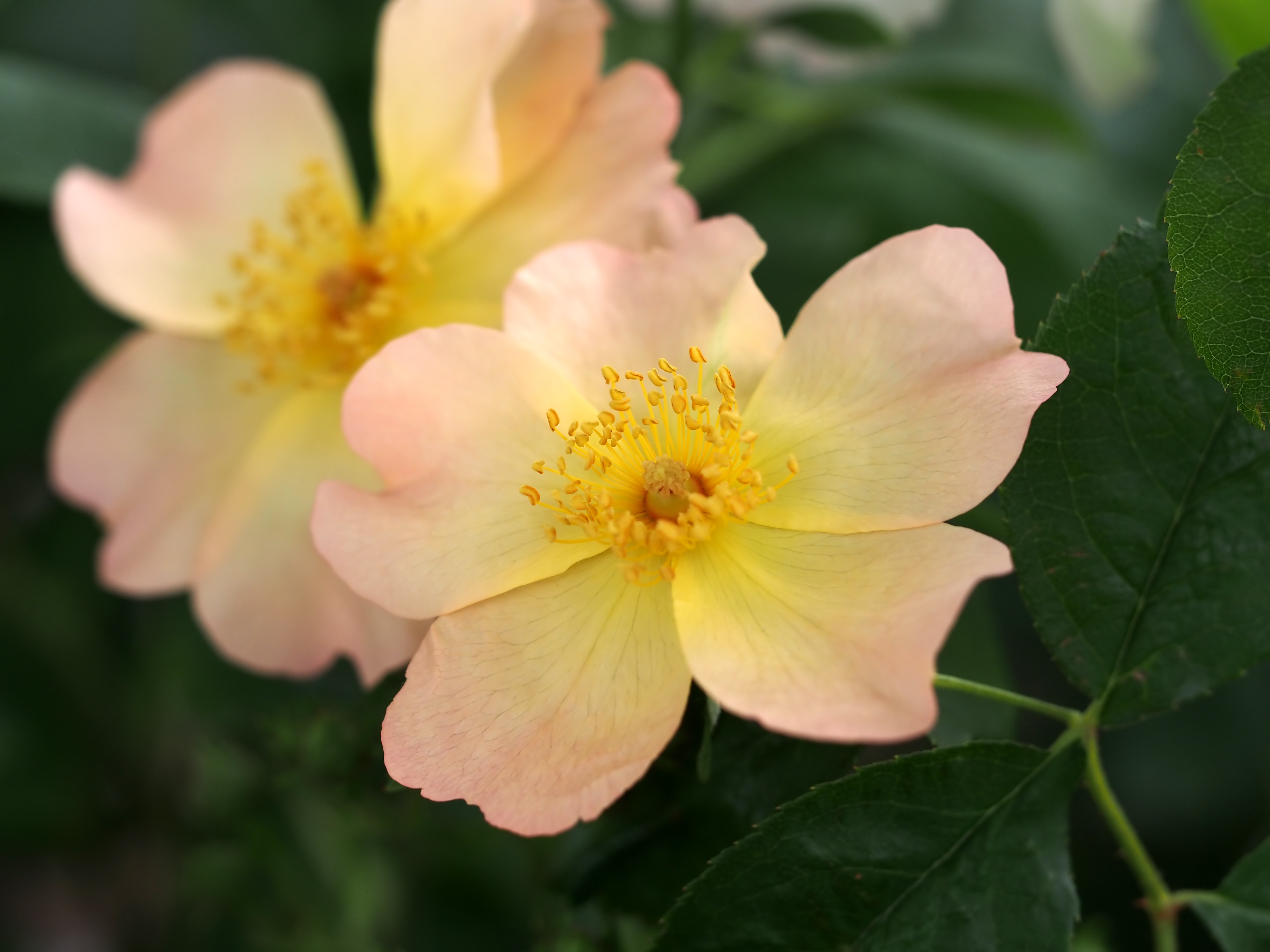
‘The Alexandra Rose’, Austin, 1992
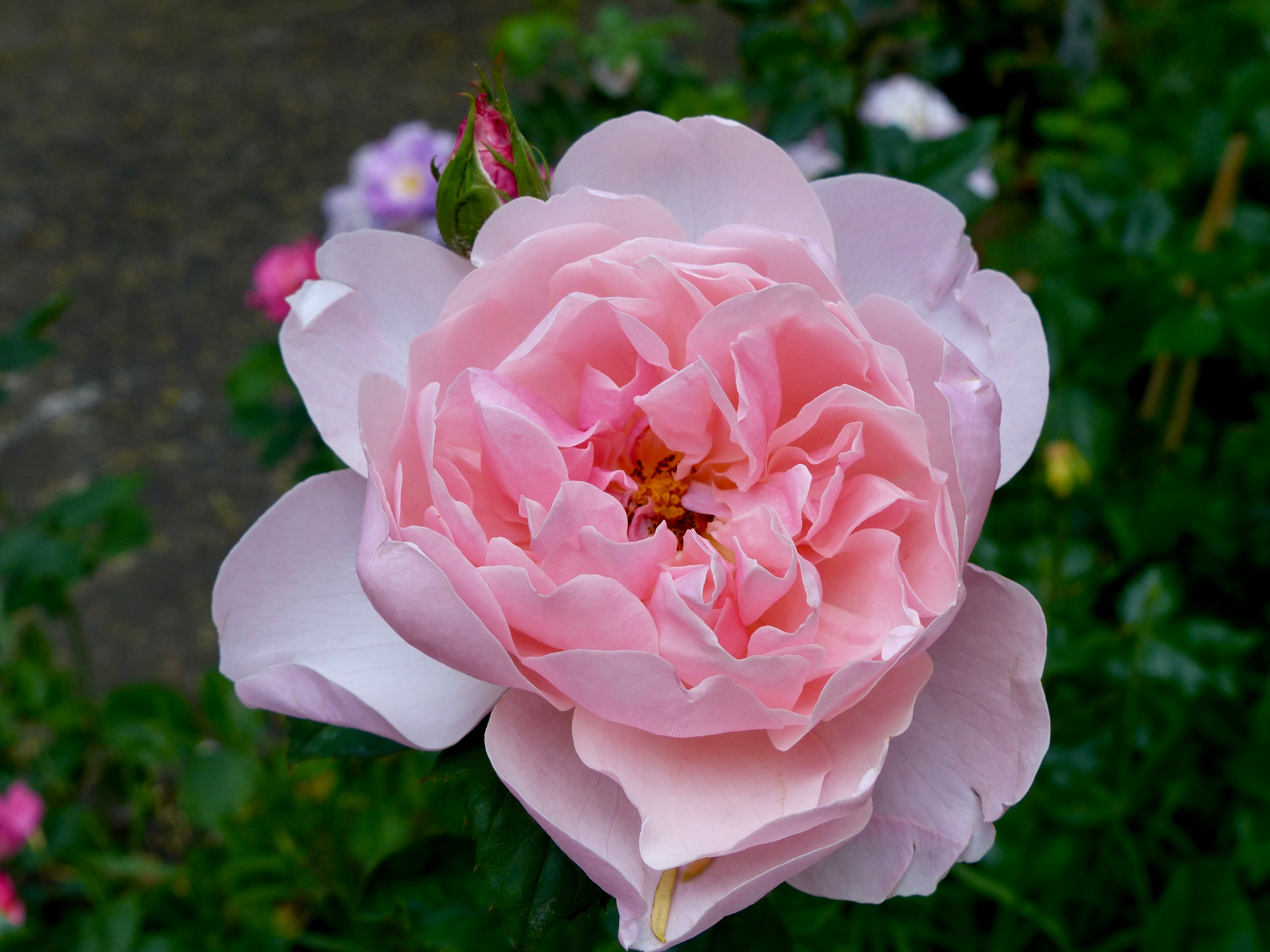
‘The Alnwick Rose’, Austin, 2001
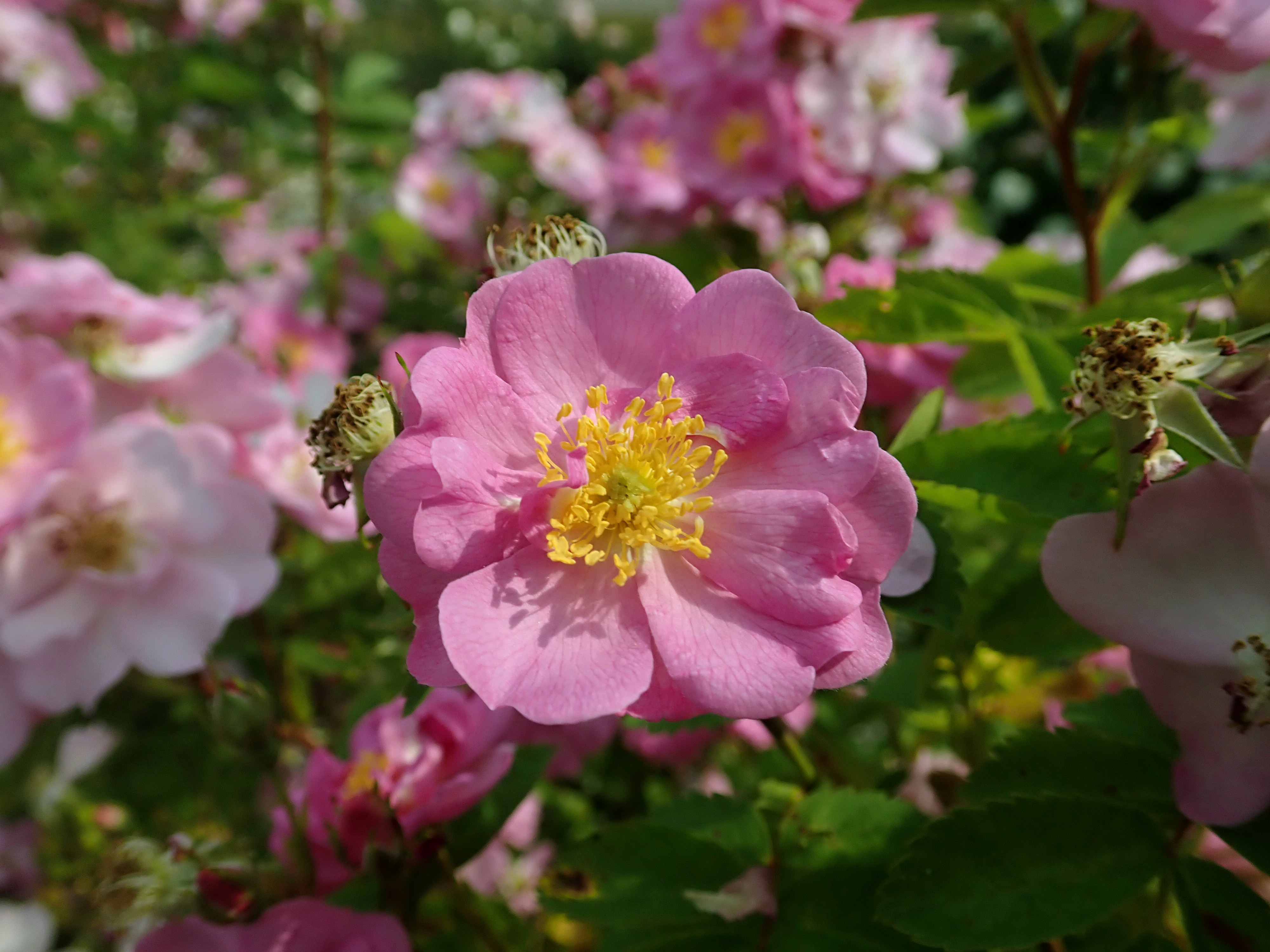
‘Theano’, Rudolf Geschwind, vor 1895
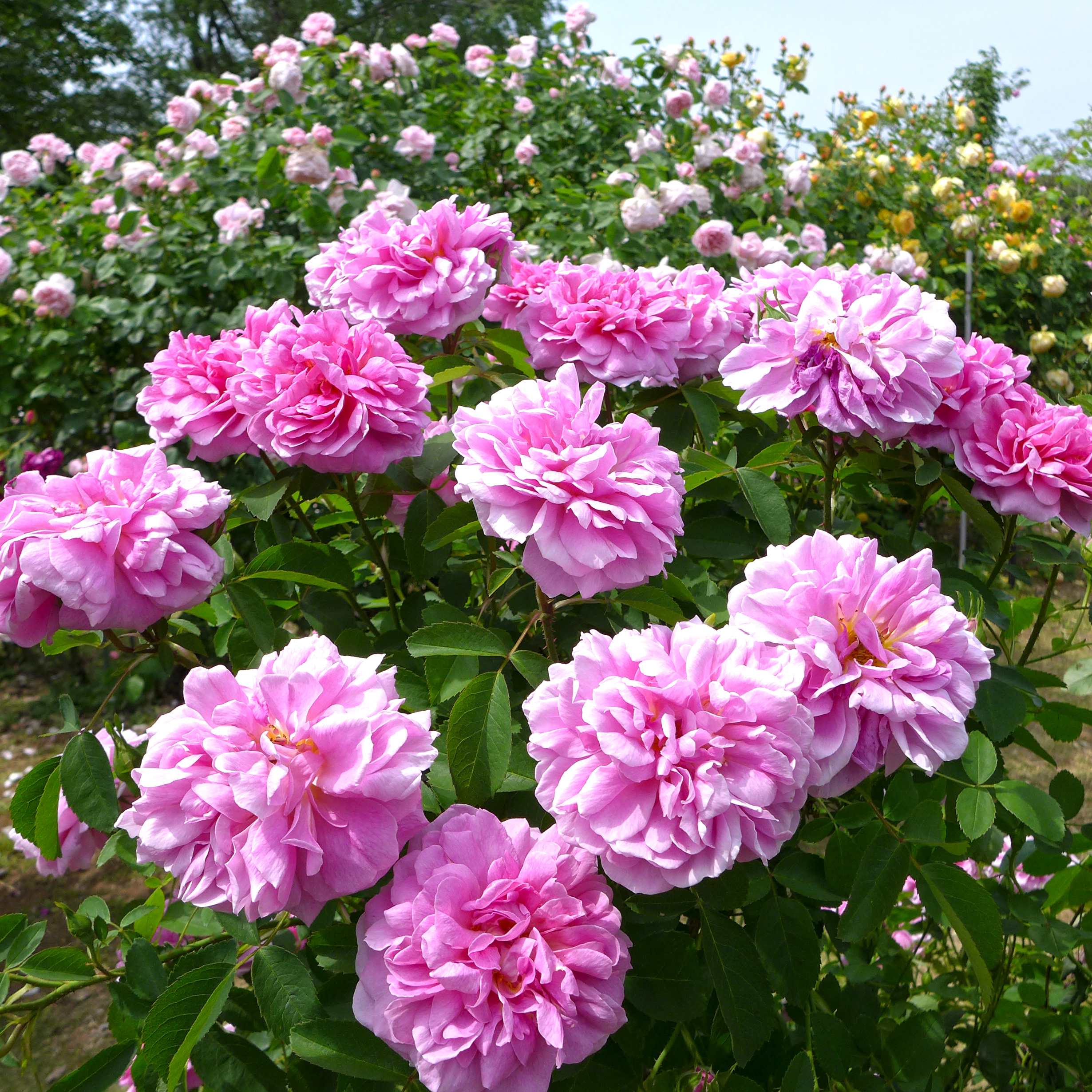
‘The Countryman’, David Austin, 1979
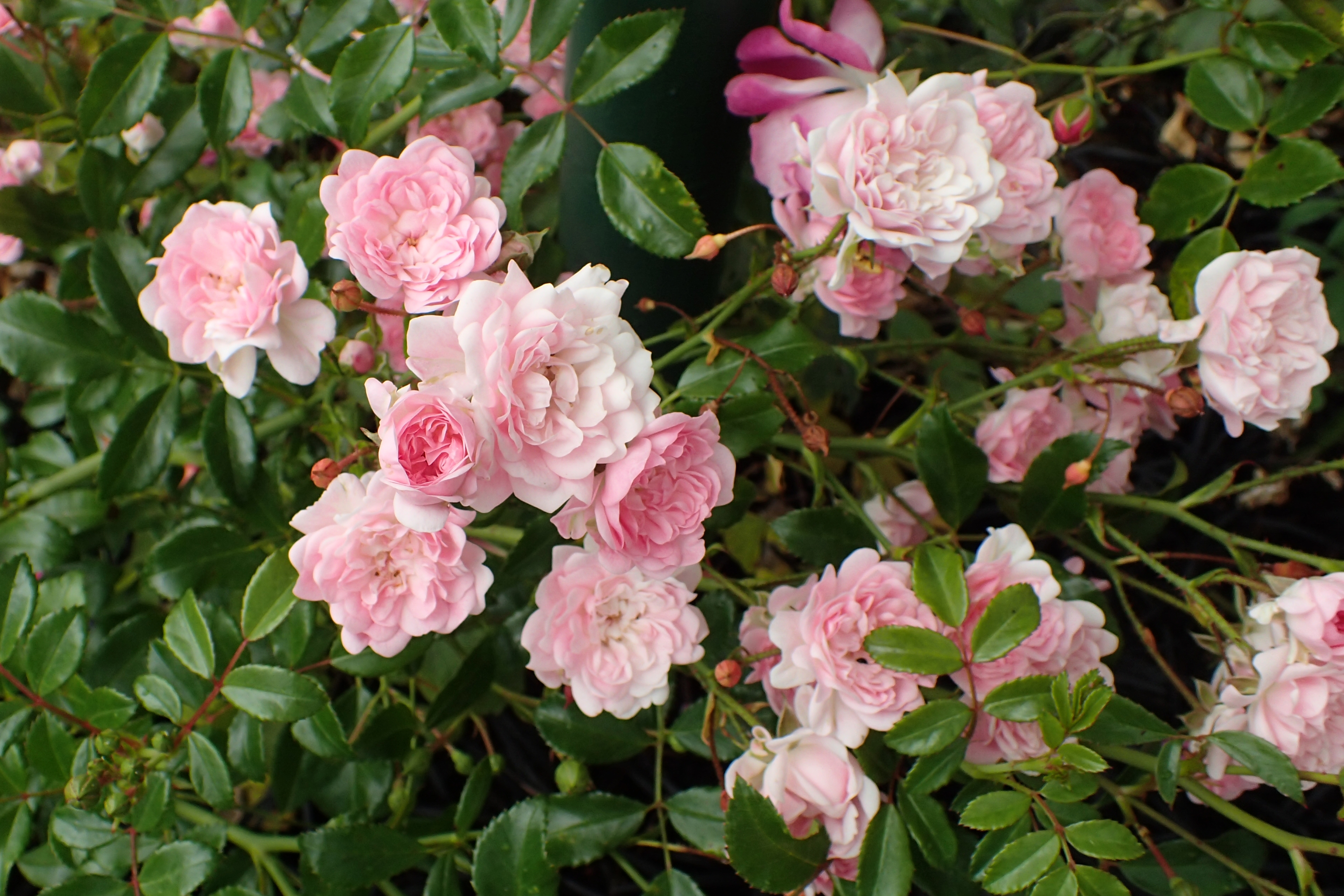
‘The Fairy’, Bentall, 1932
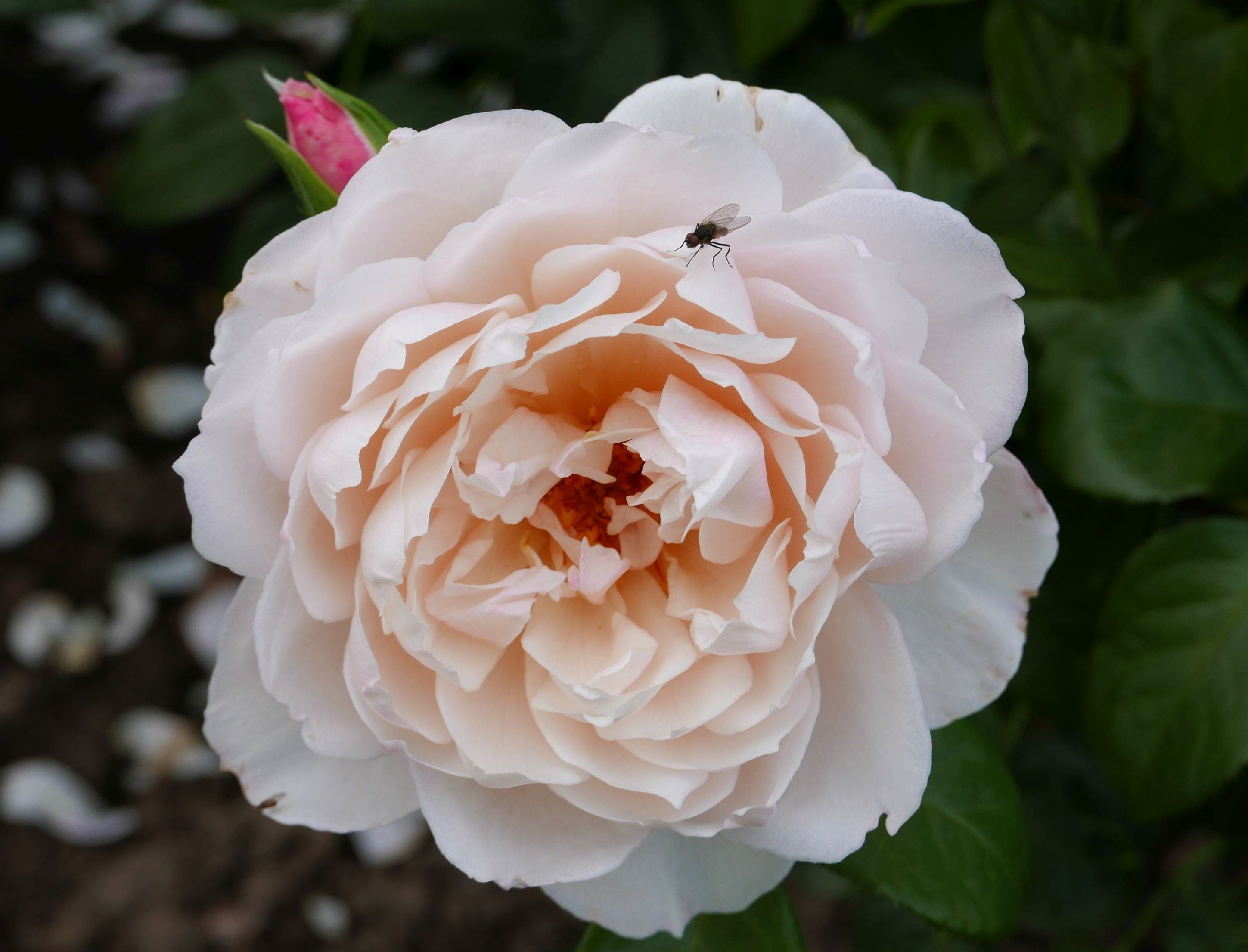
‘The Generous Gardener’, Austin, 2002
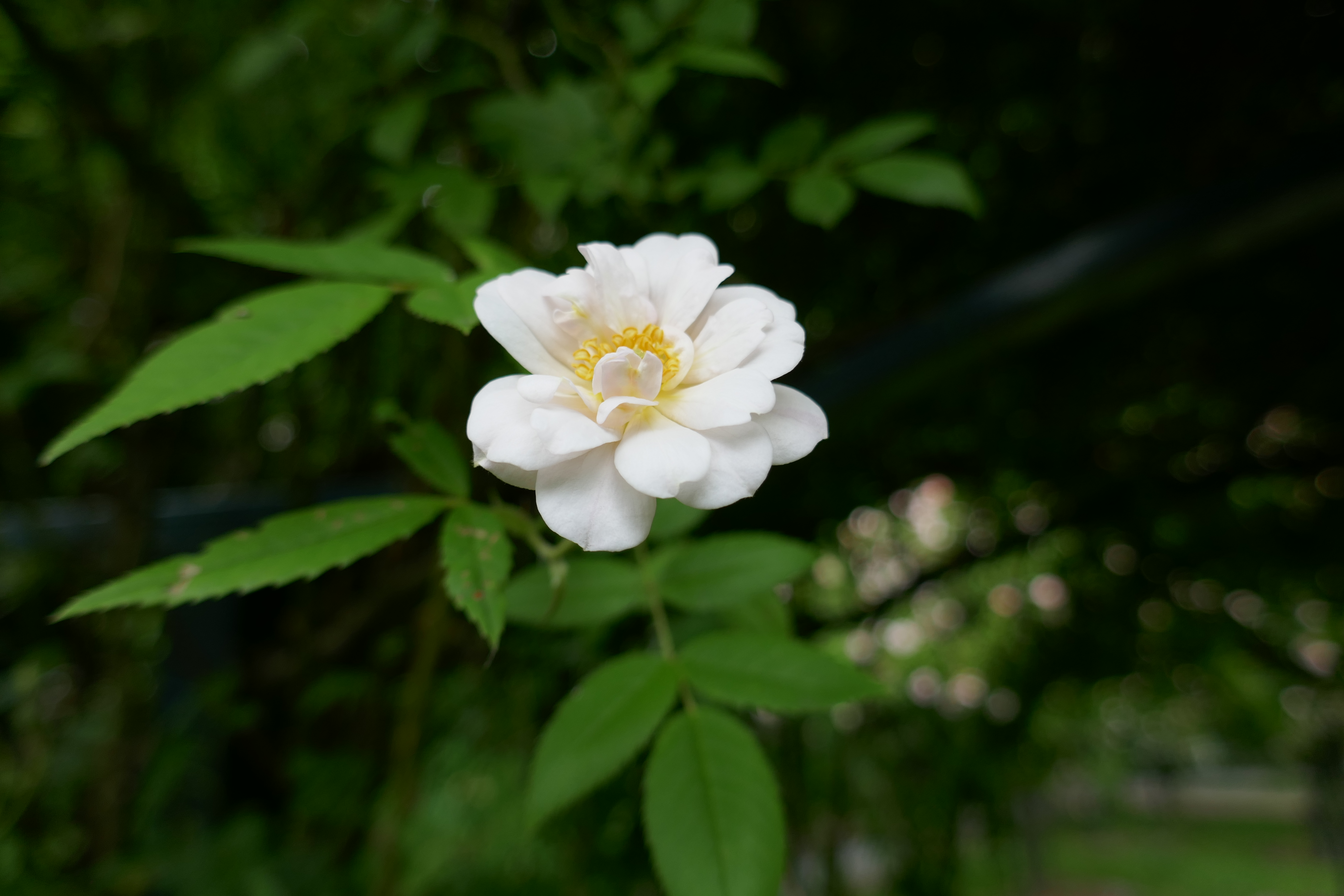
‘The Garland’, Wells, 1835
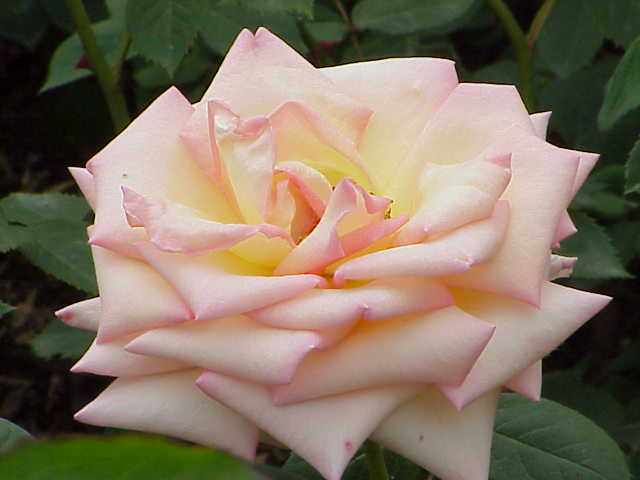
‘The Lady’, Fryer, 1989
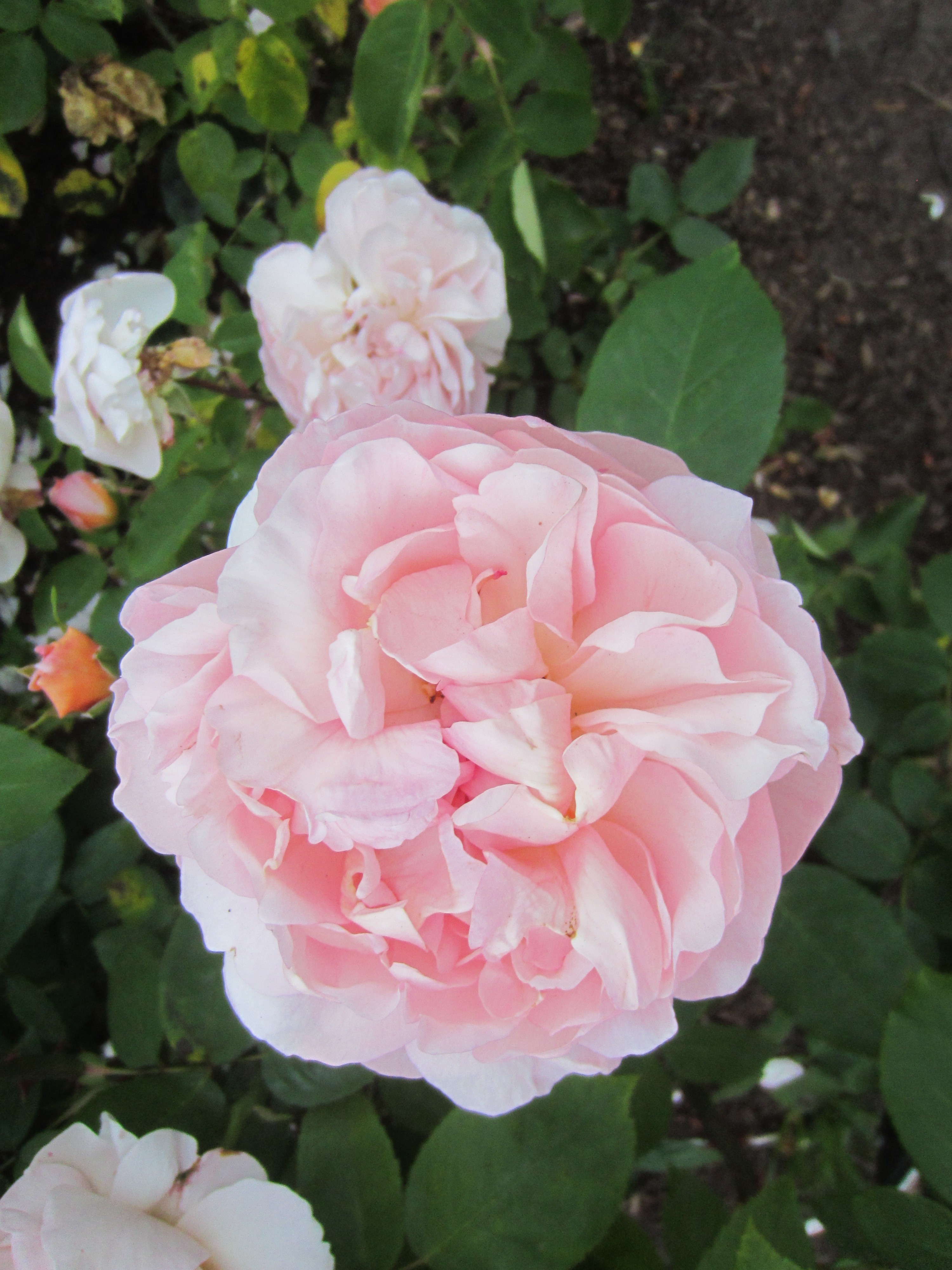
‘The Lady Gardener’, David Austin, 2013
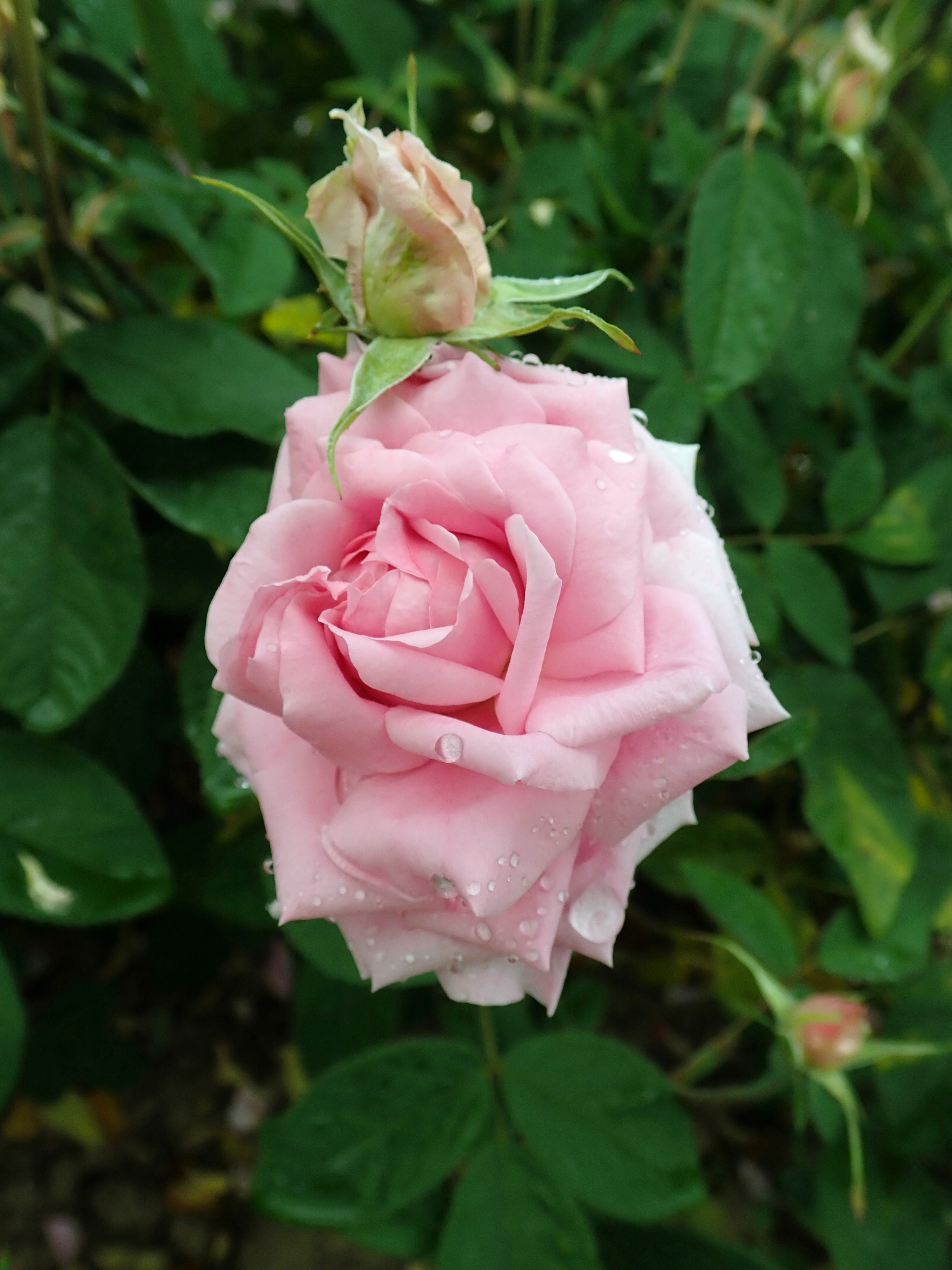
‘The Mayflower’, David Austin, 2001
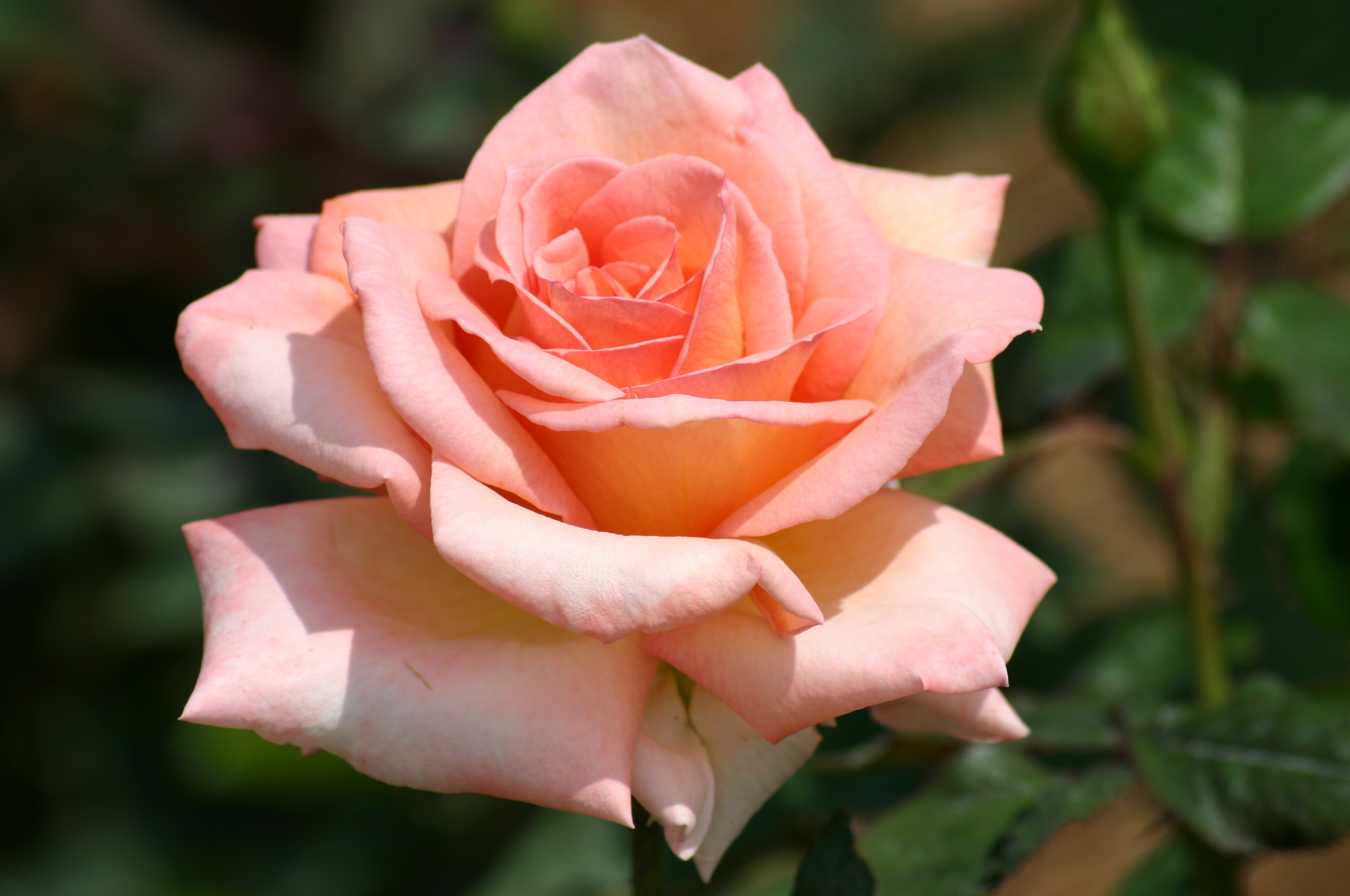
‘Theodore Roosevelt’, unbekannt
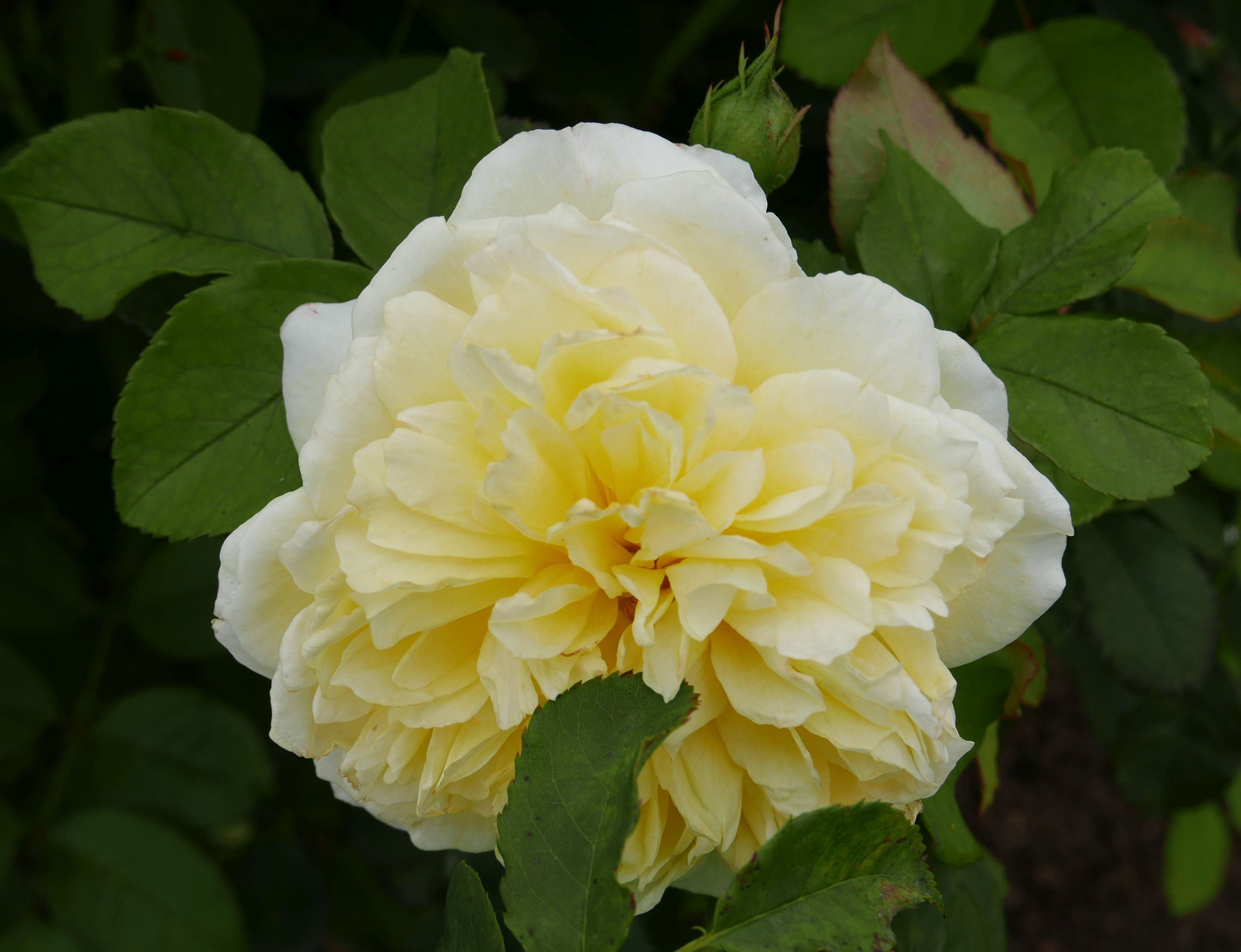
‘The Pilgrim’, David Austin, 1991
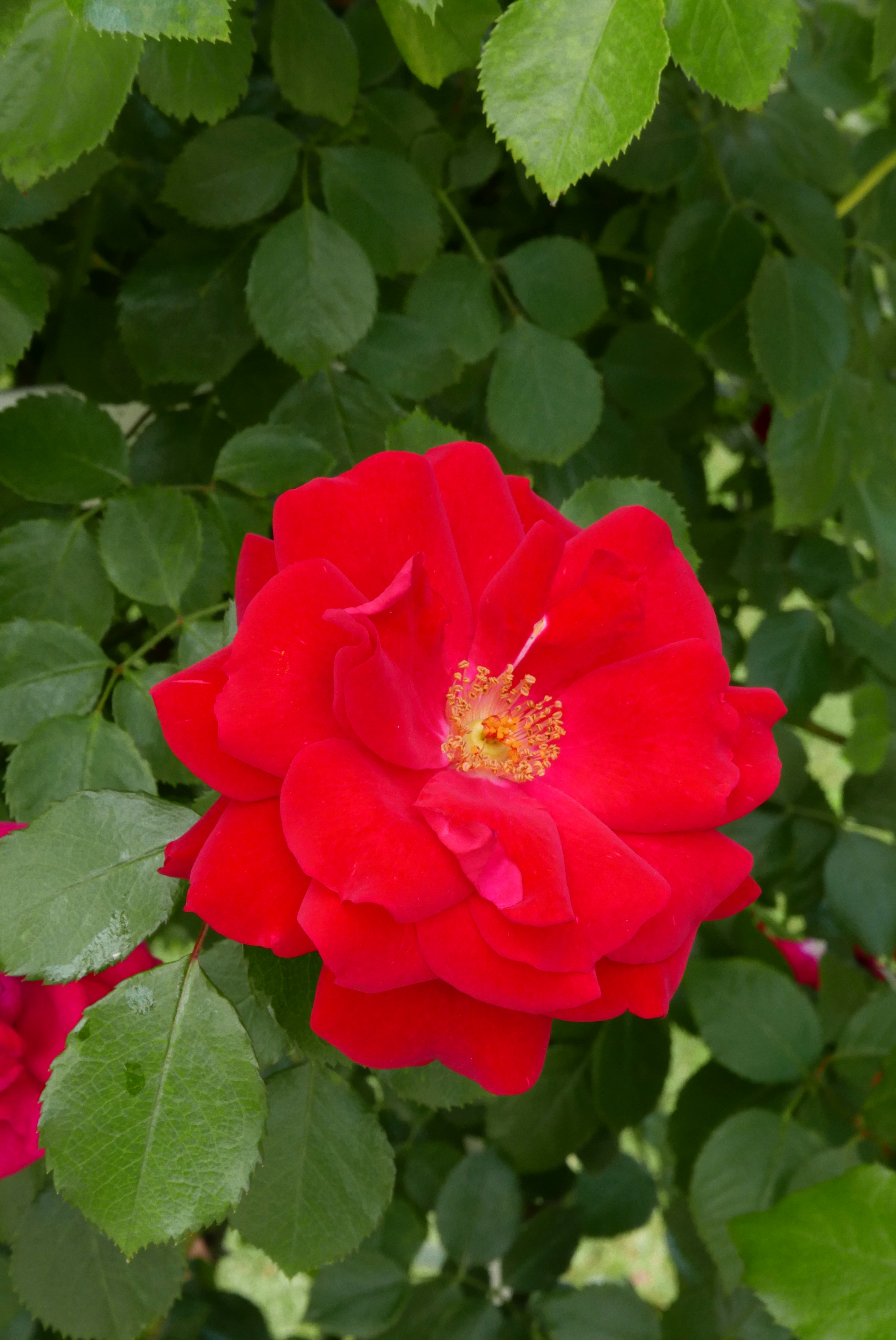
‘The Prince’s Trust, Harkness, 2002
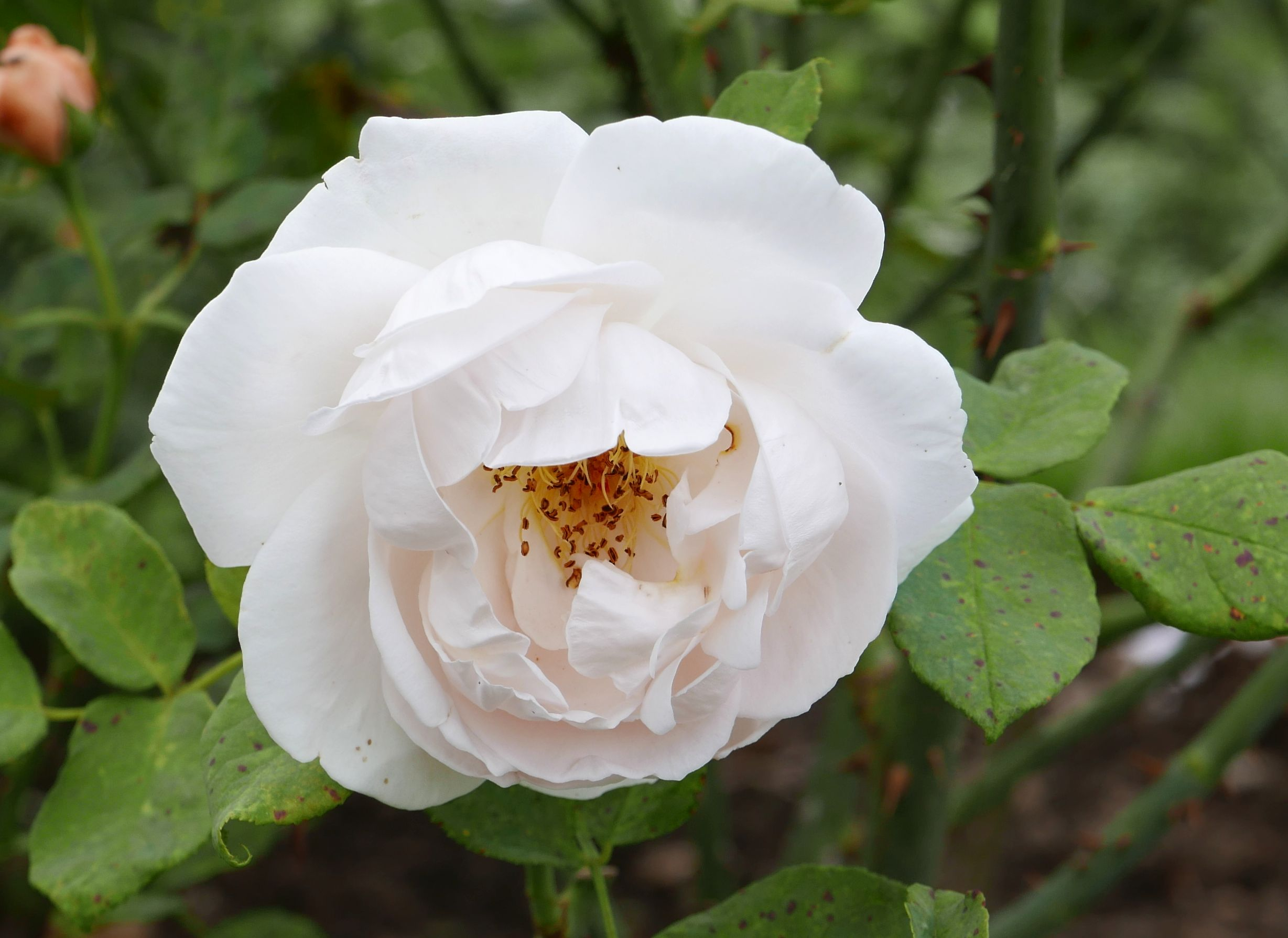
‘The Prioress’, Austin, 1969
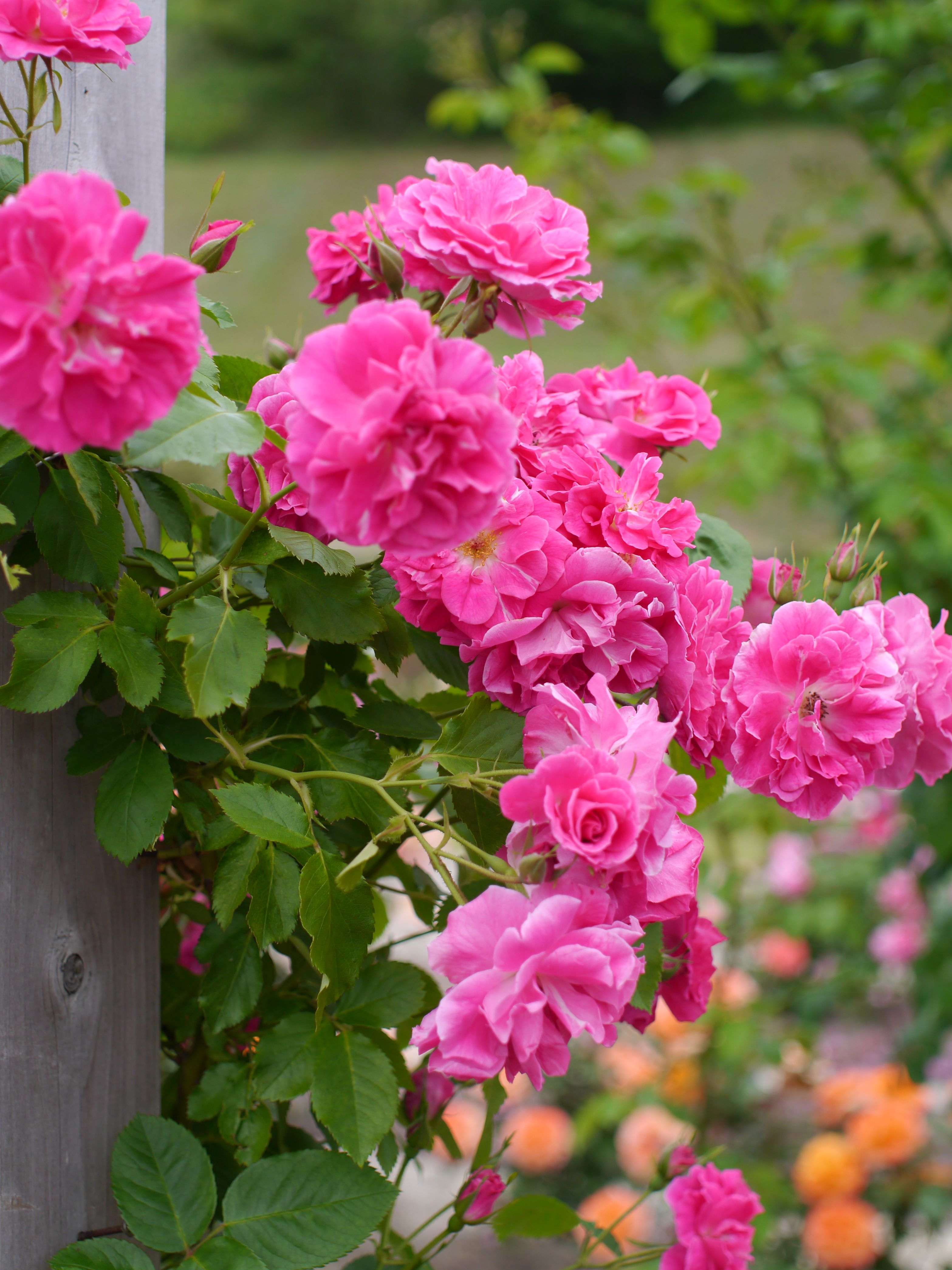
‘The Wallflower’, George Paul, 1901
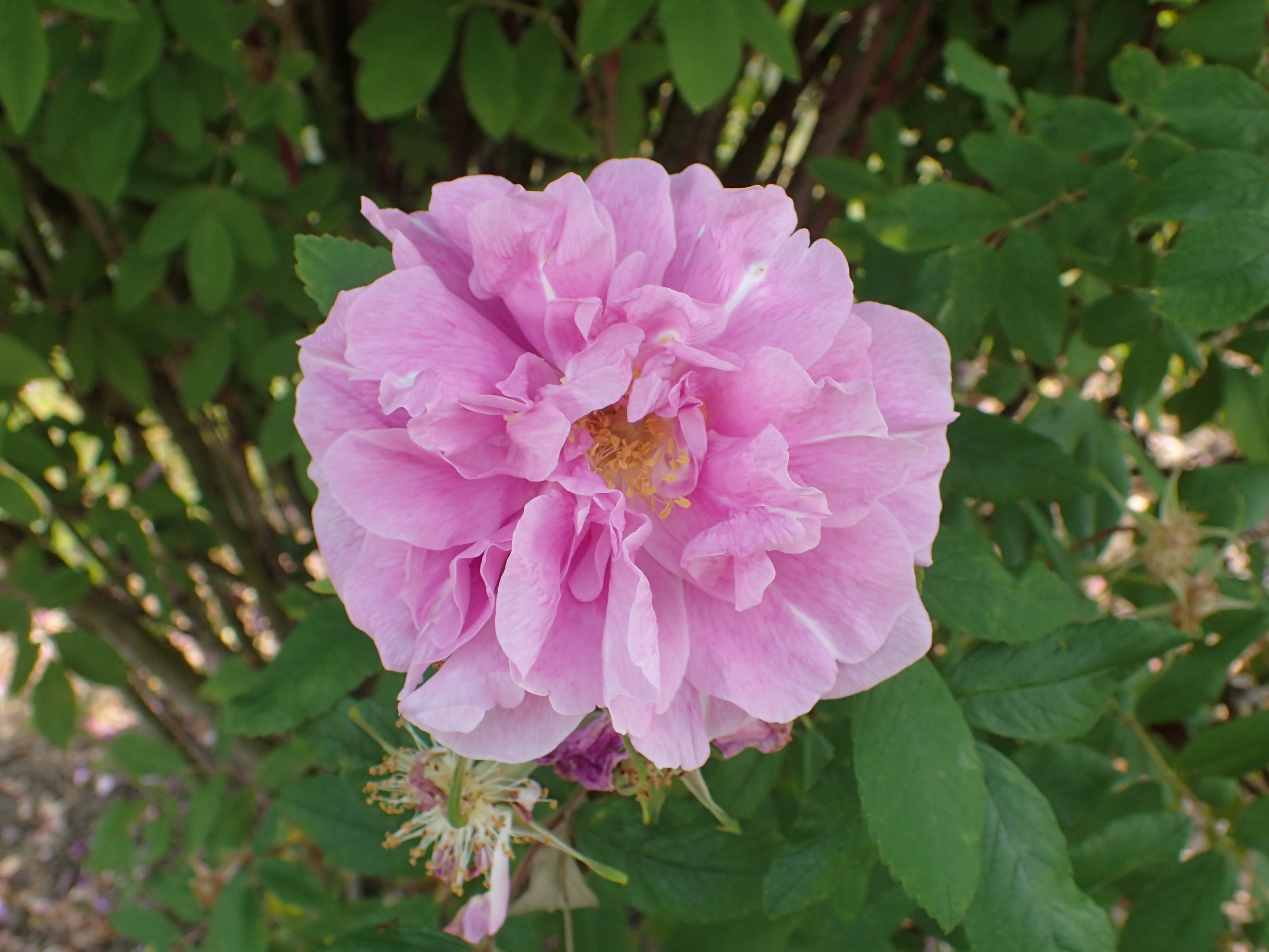
‘Thérèse Bugnet’, Georges Bugnet, 1941
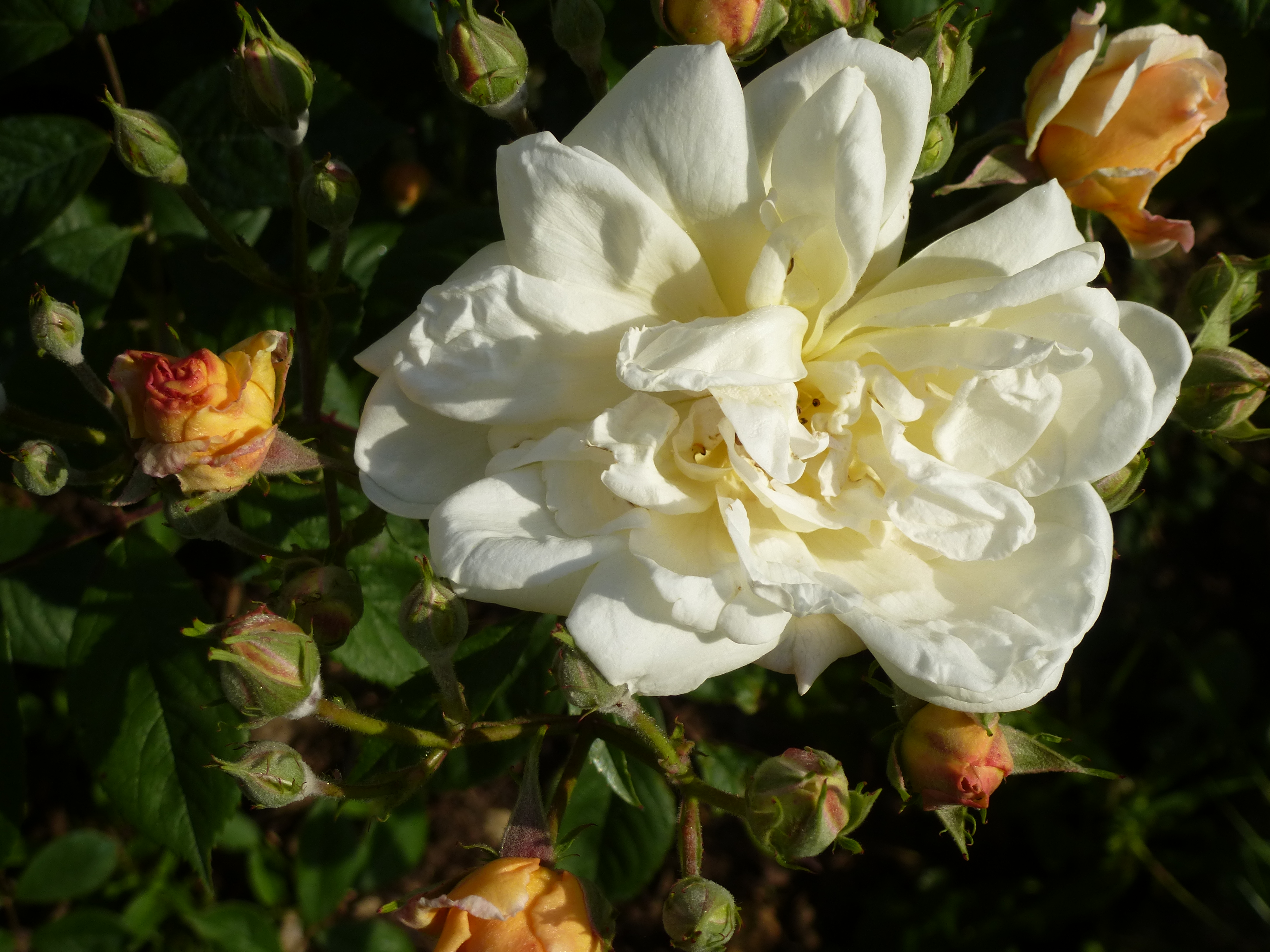
‘Thisbe’, Pemberton, 1918
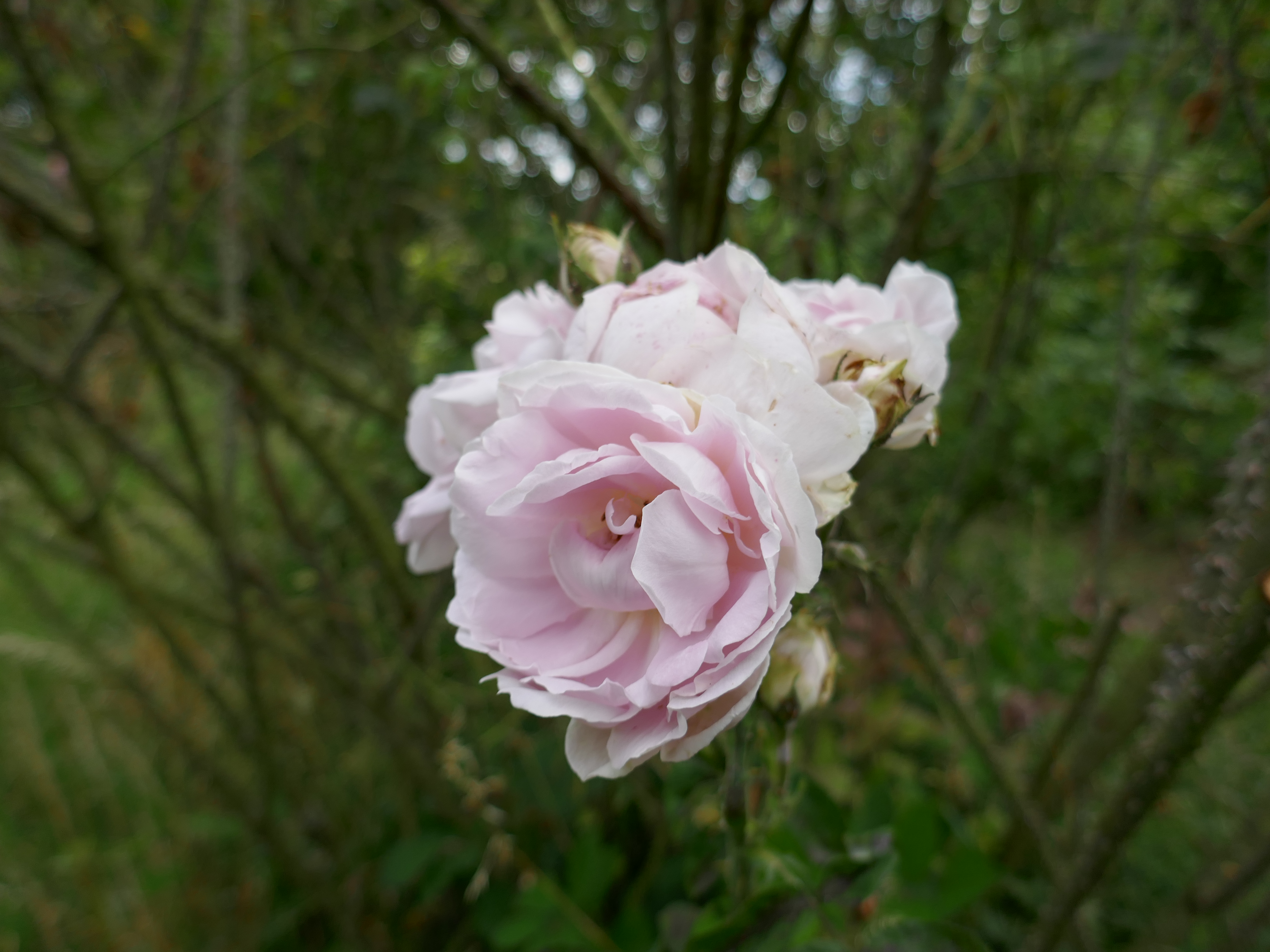
‘Thusnelda’, Dr. Müller, 1886
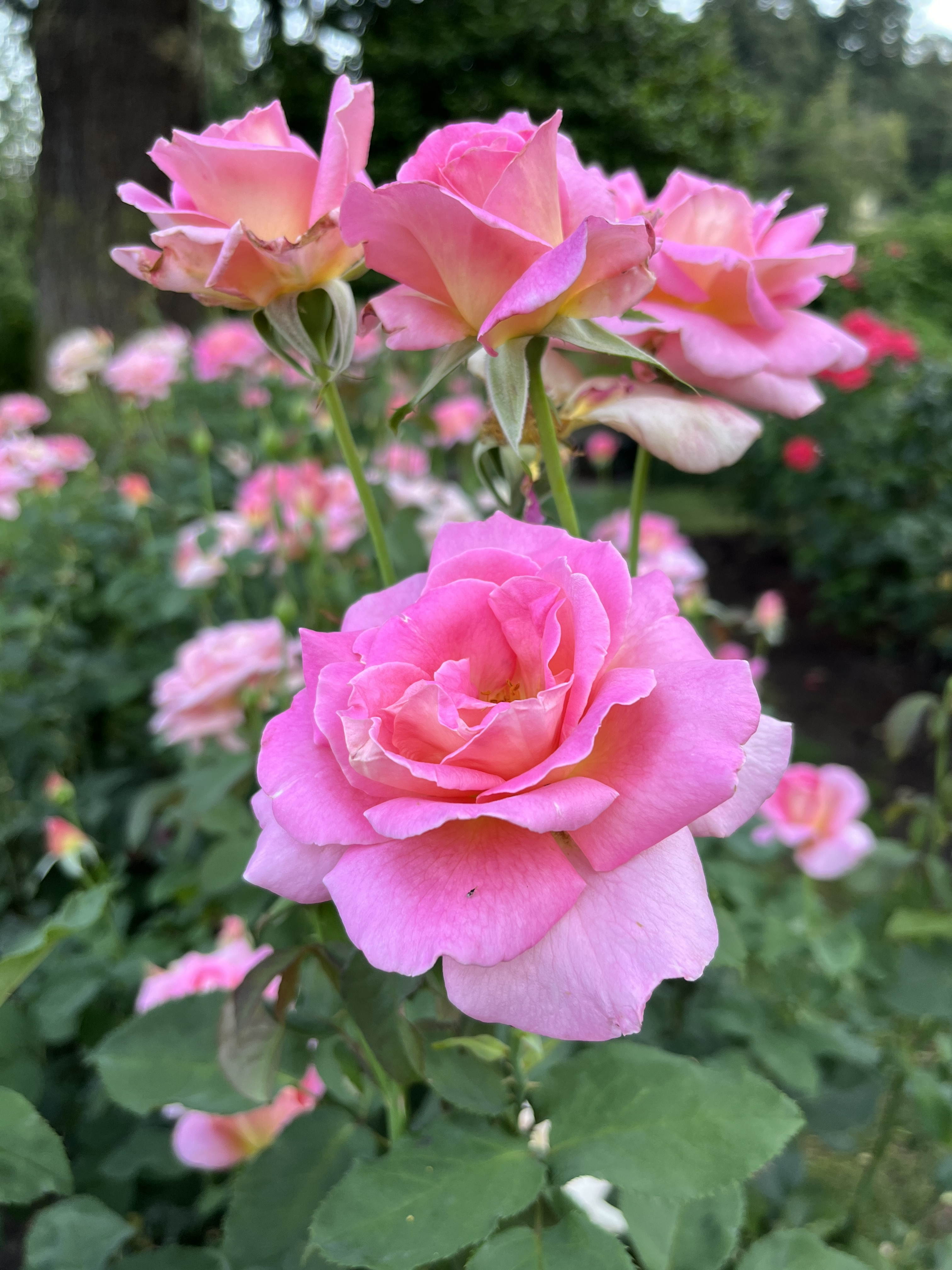
‘Tiffany’, Robert V. Lindquist, 1953
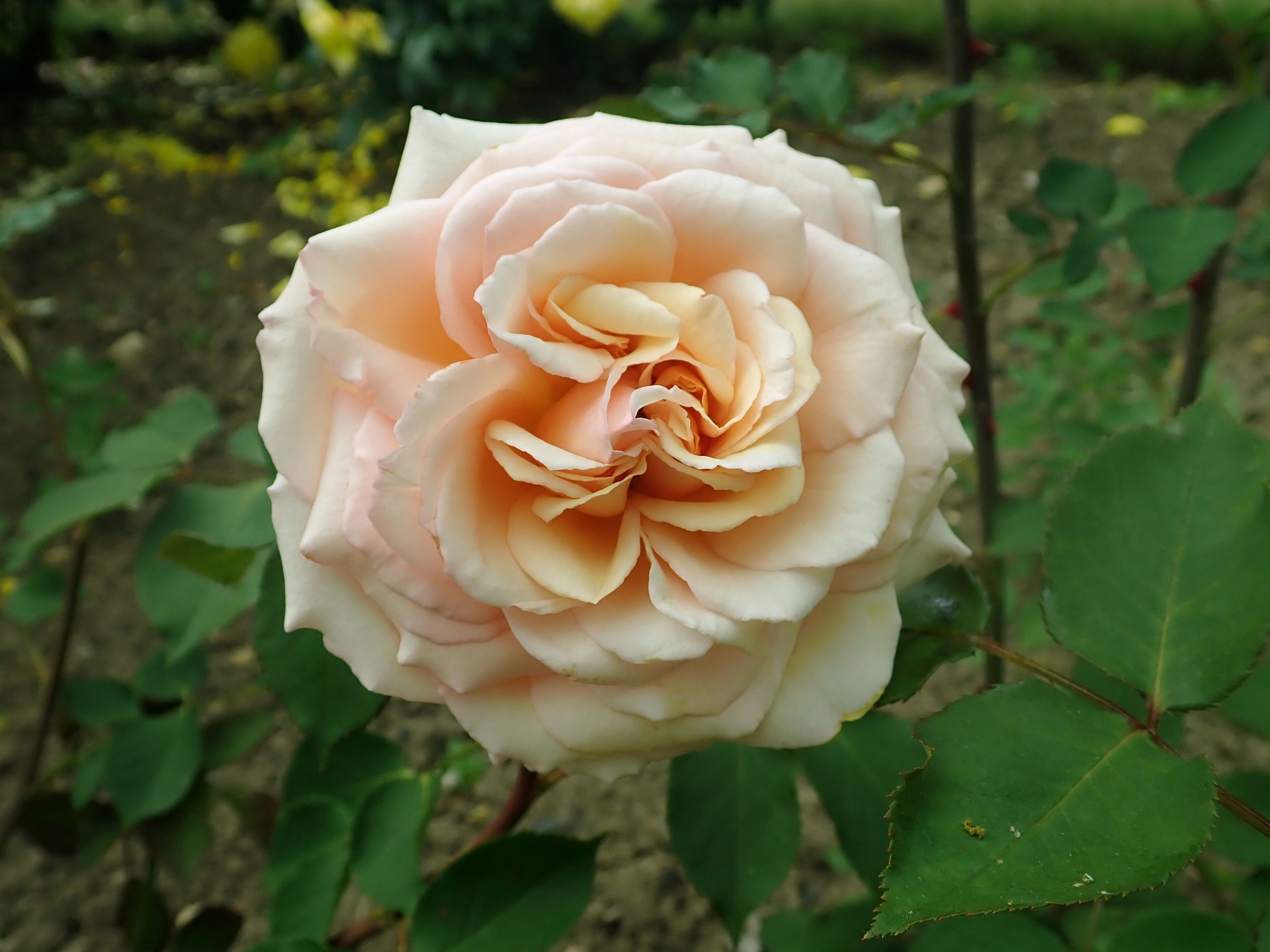
‘Tiglia’, Jan Leenders, 1962
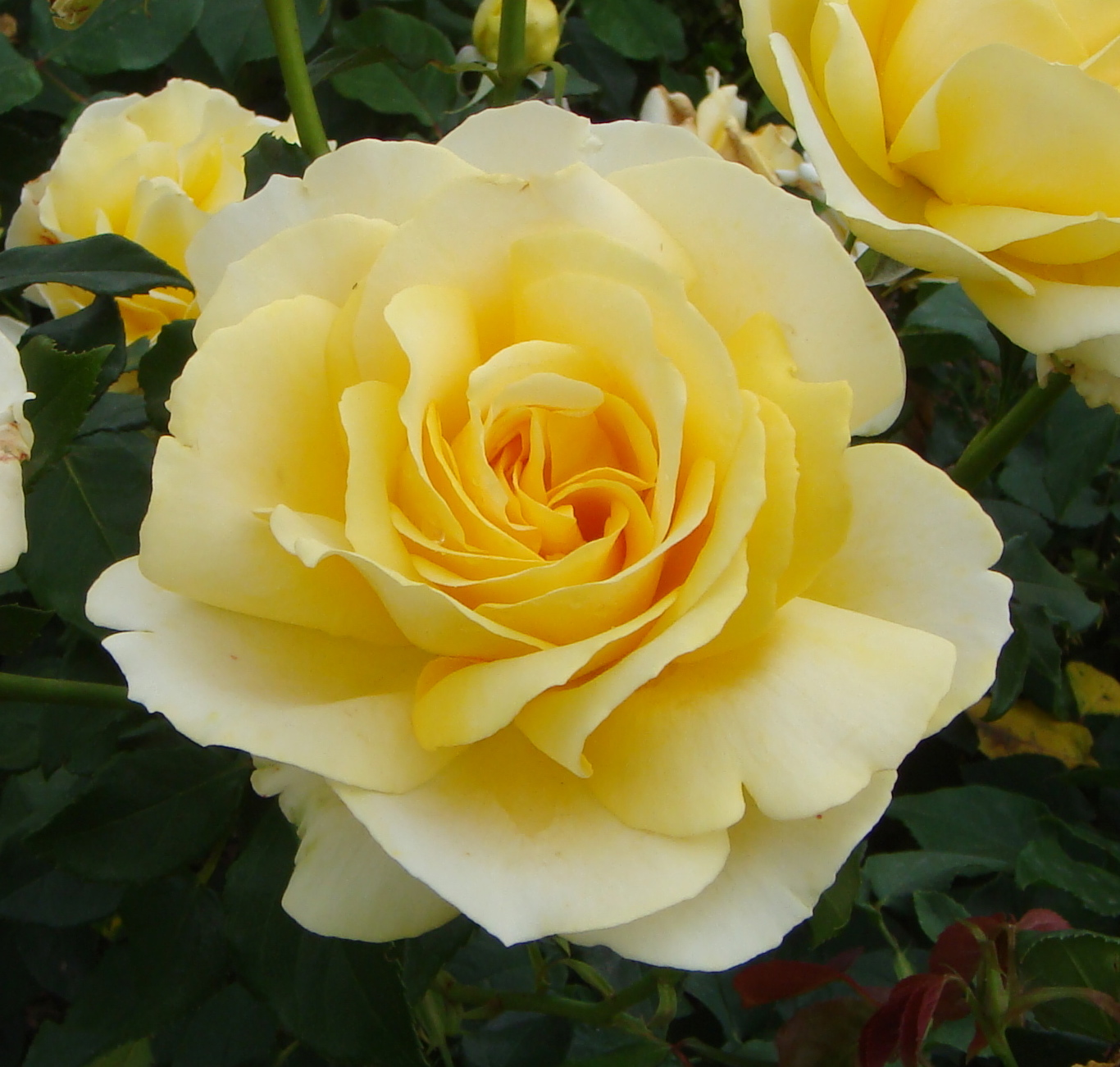
‘Tivoli’, Olesen/Poulsen, 1994
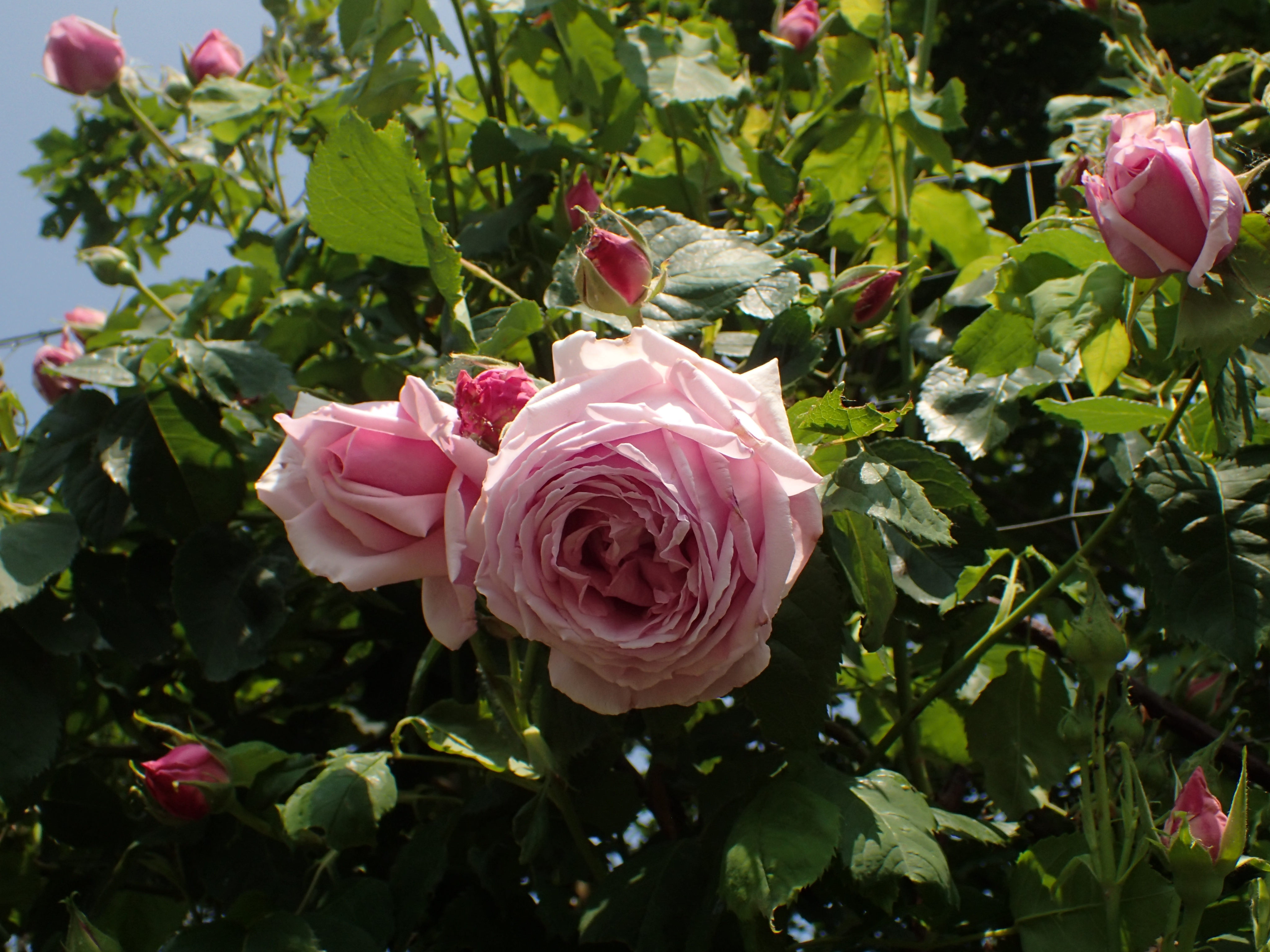
‘Tolstoi’, Jan Böhm, 1937
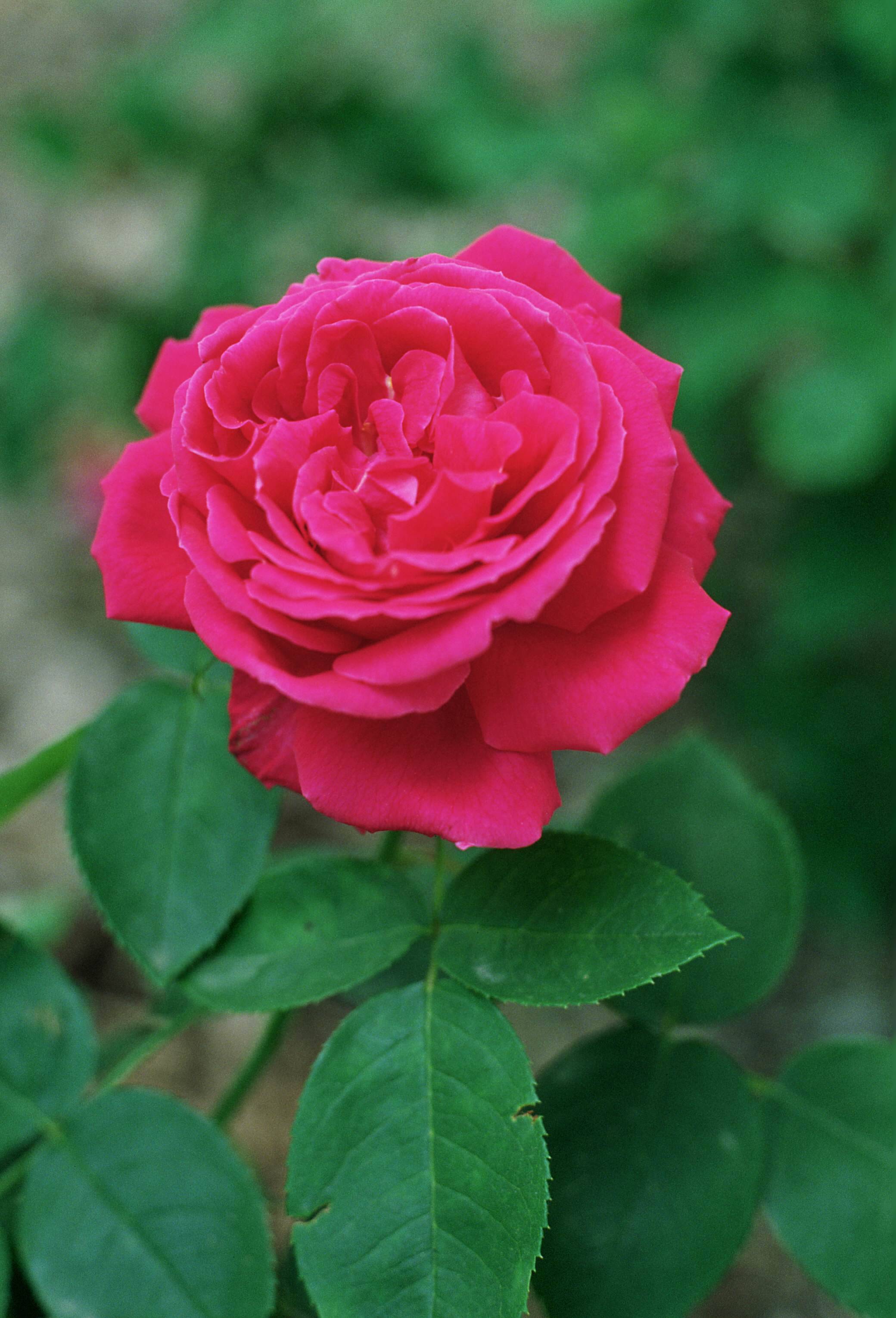
‘Tom Wood’, Alexander Dickson II, 1896
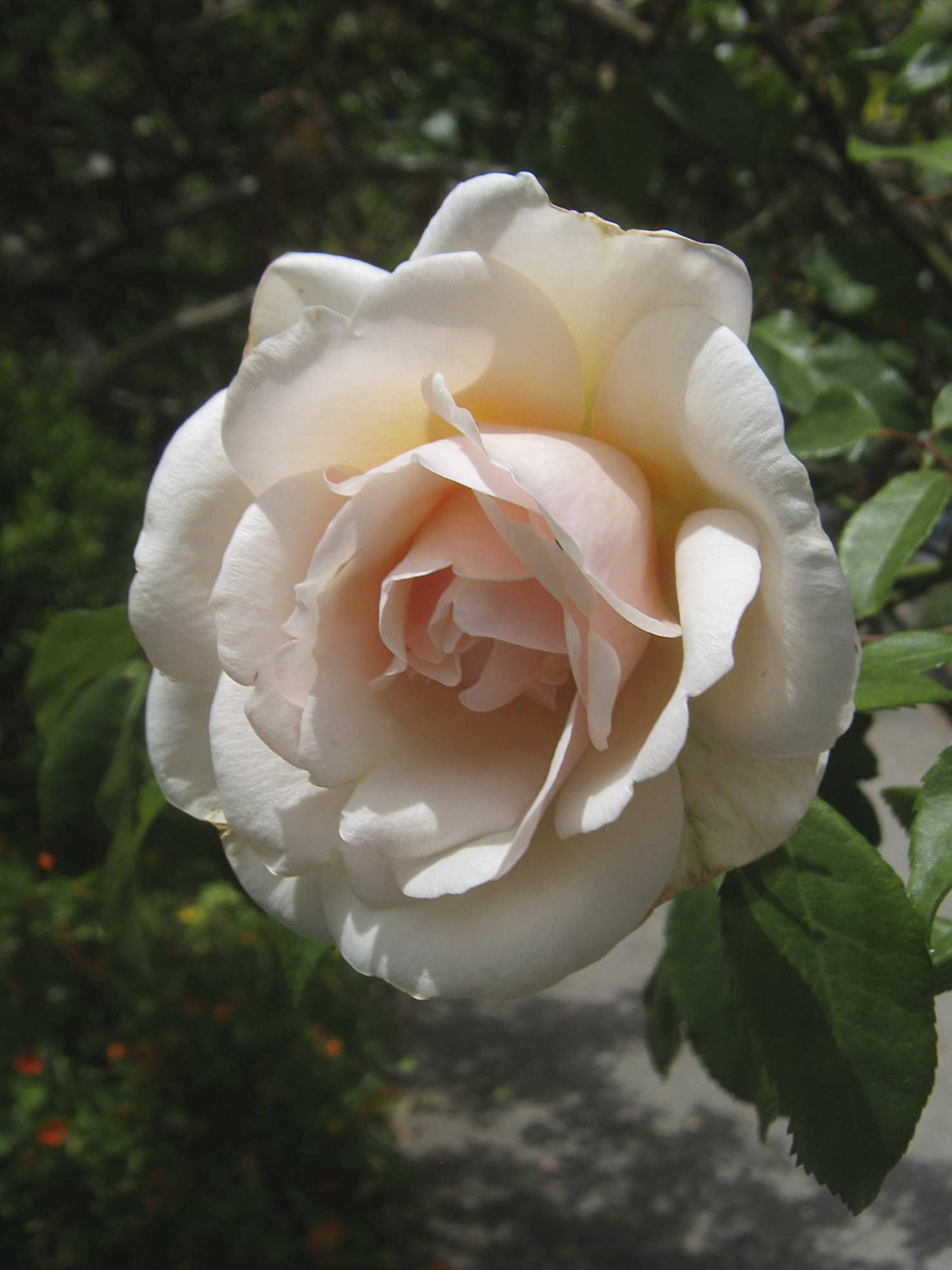
‘Tonner’s Fancy’, Alistair Clark, 1927
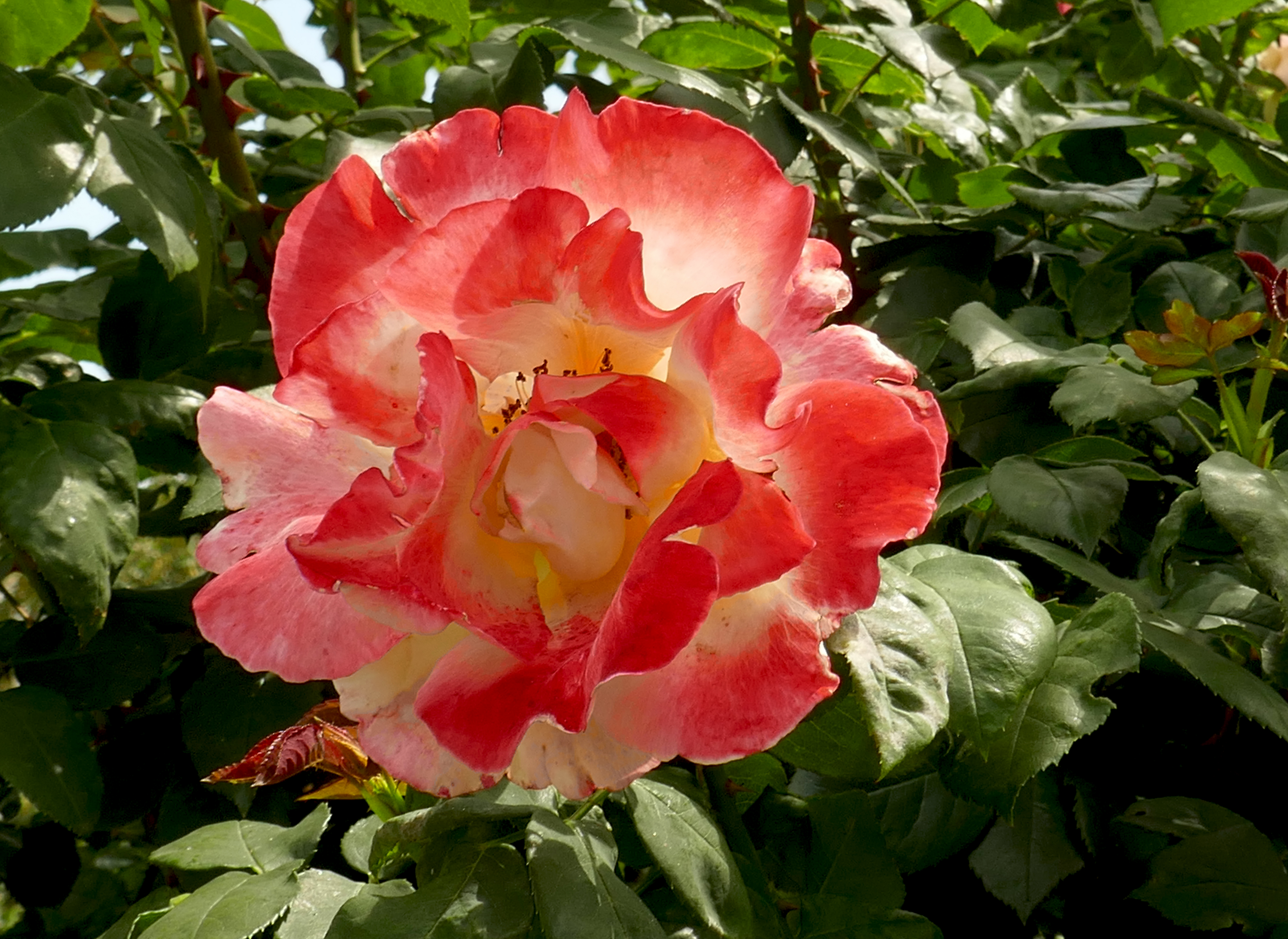
‘Topazio’, Fratelli Ingegnoli, 1930
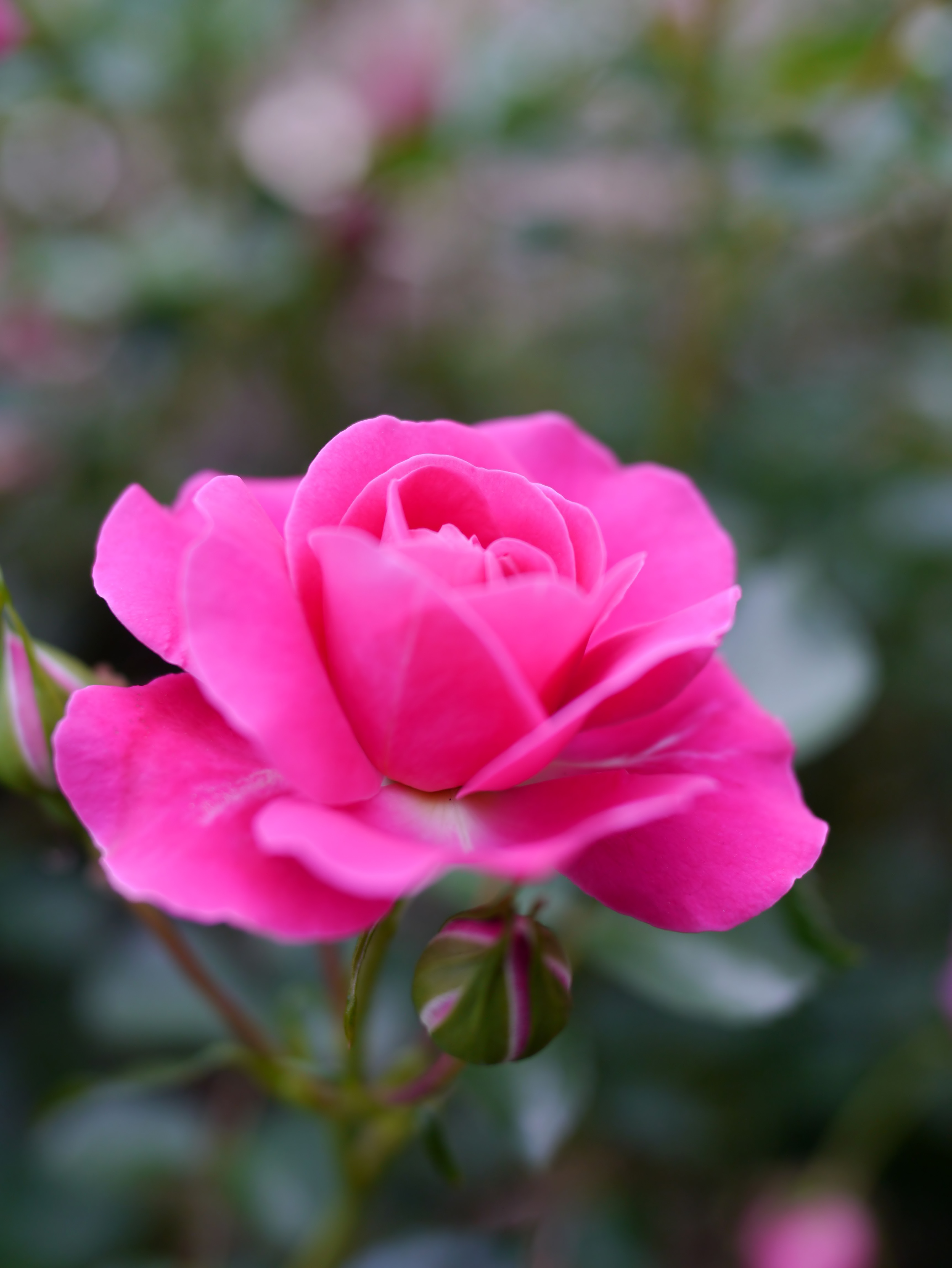
‘Topkapi’, Olesen/Poulsen, 1996
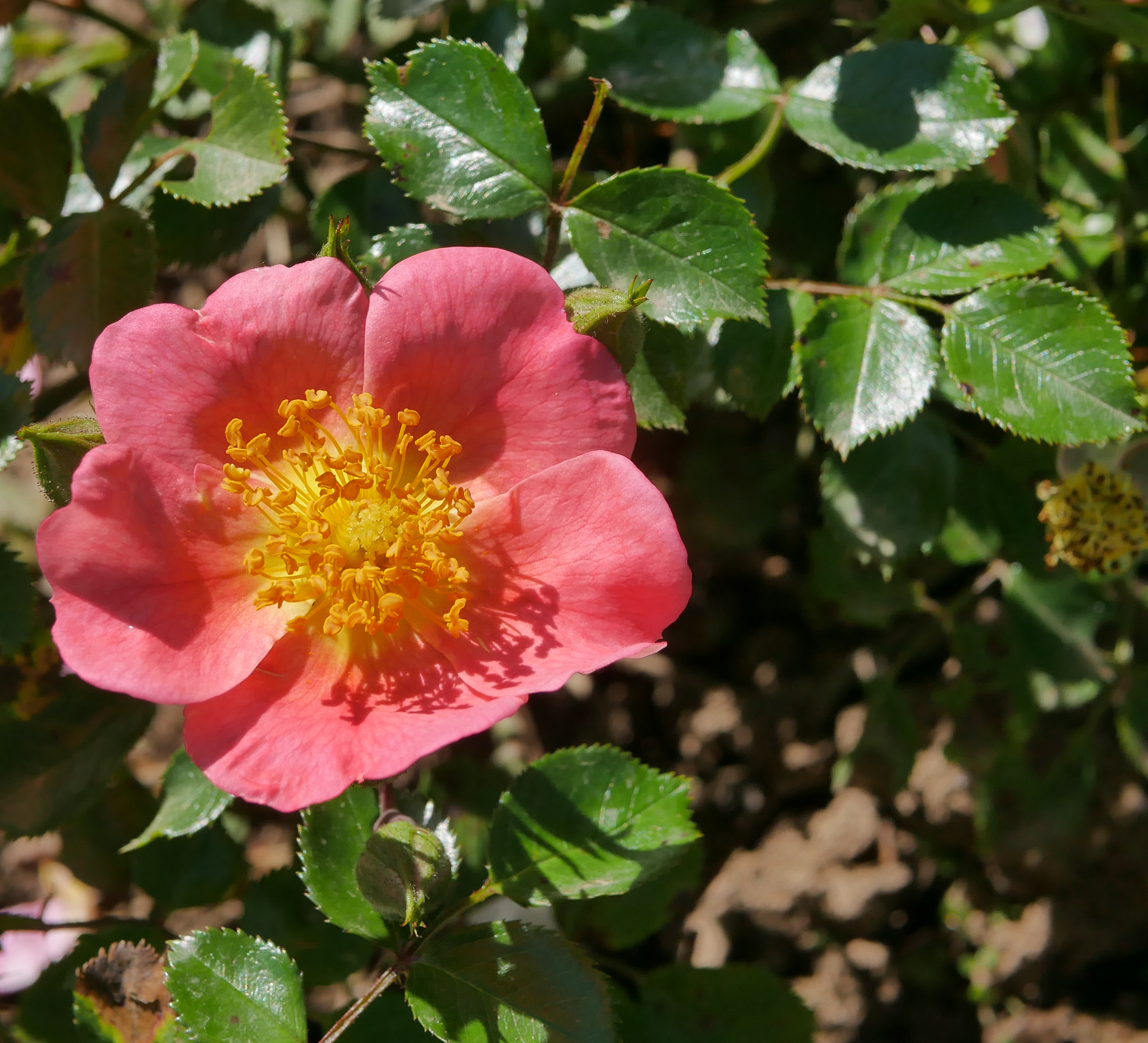
Topolina (Rose), Kordes
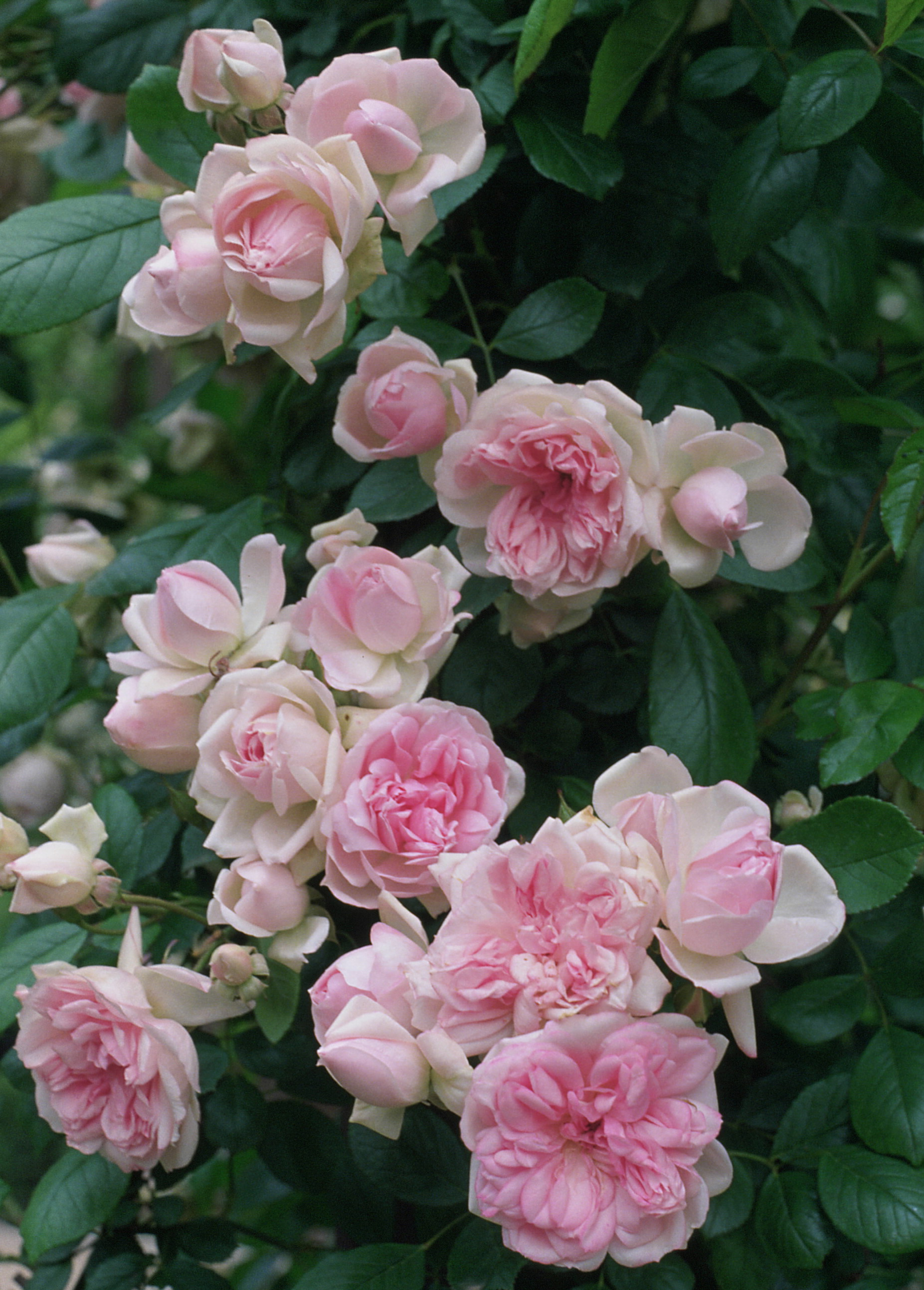
‘Toresky’, unbekannt
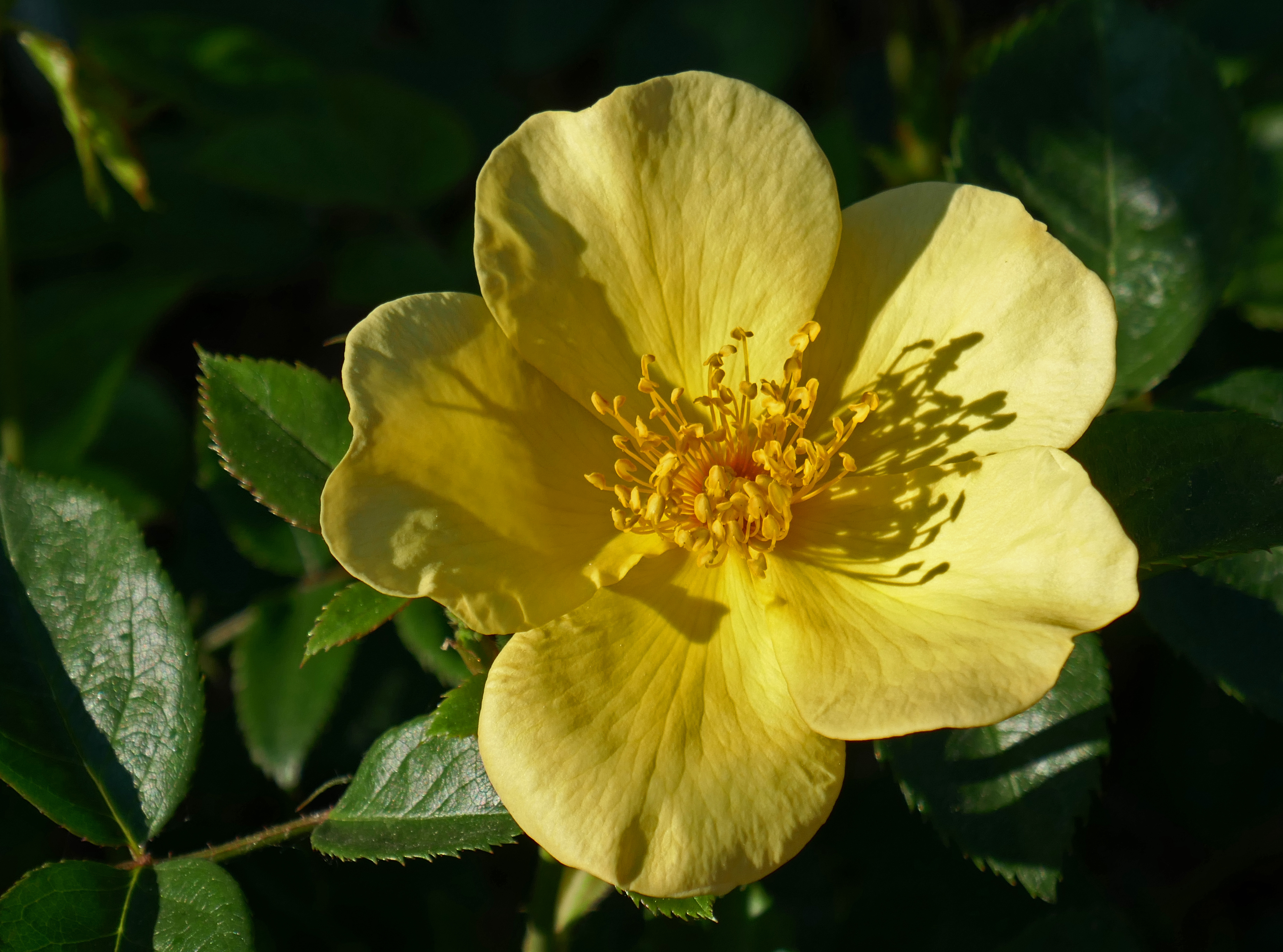
‘Tottering-by-Gently’, Austin, 2018
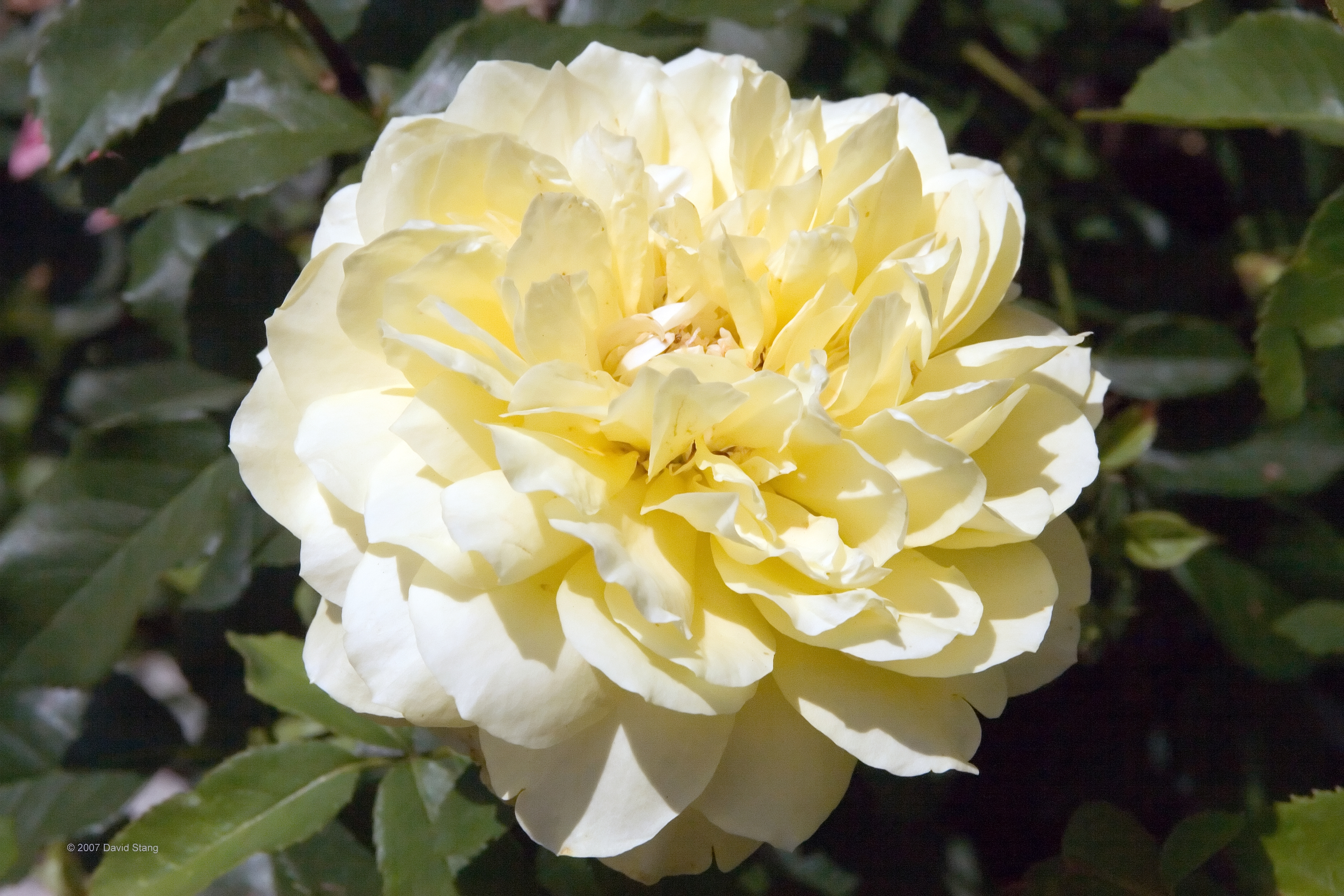
‘Toulouse Lautrec’, Meilland, 1992
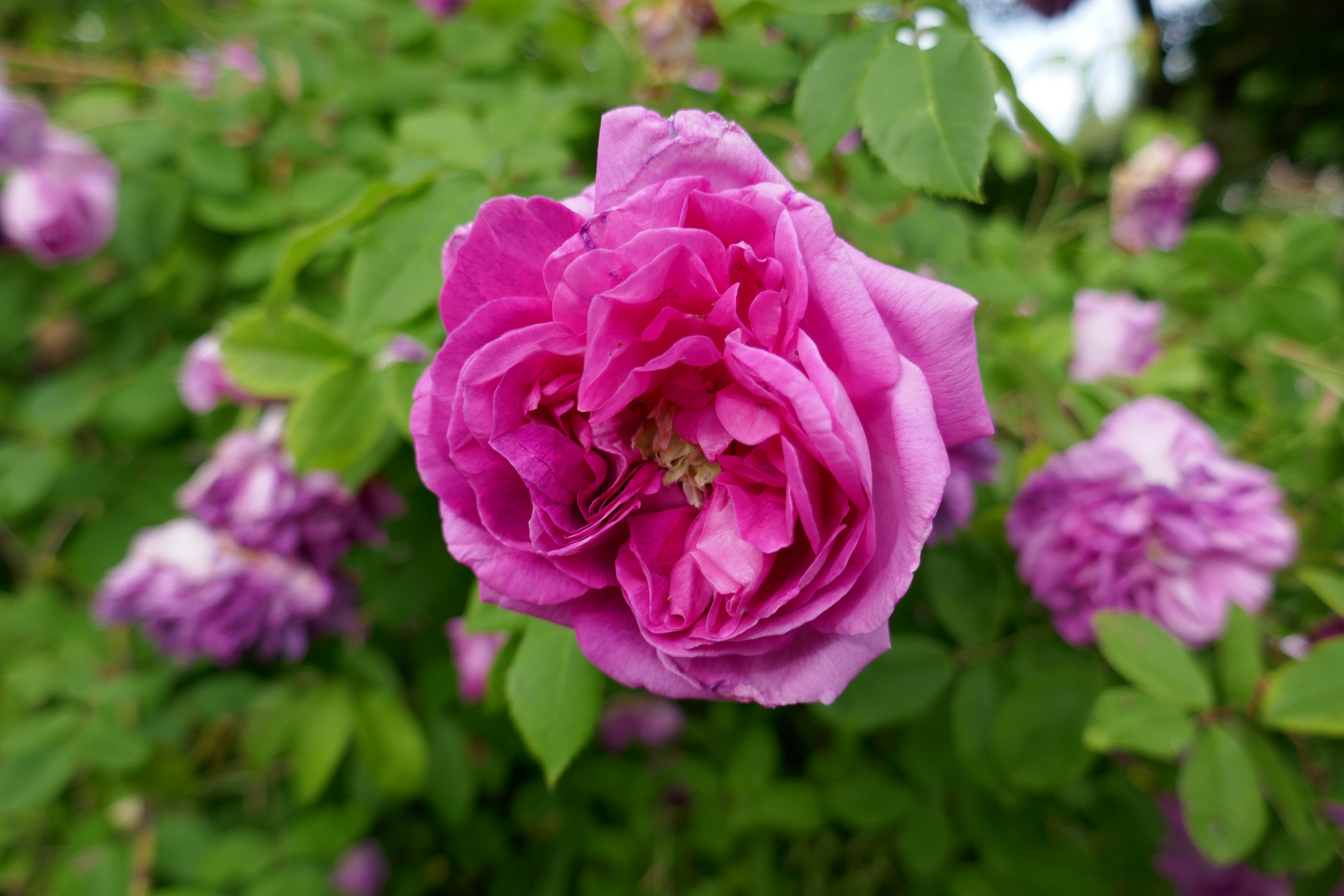
‘Tour de Malakoff’, Pastoret, vor 1856
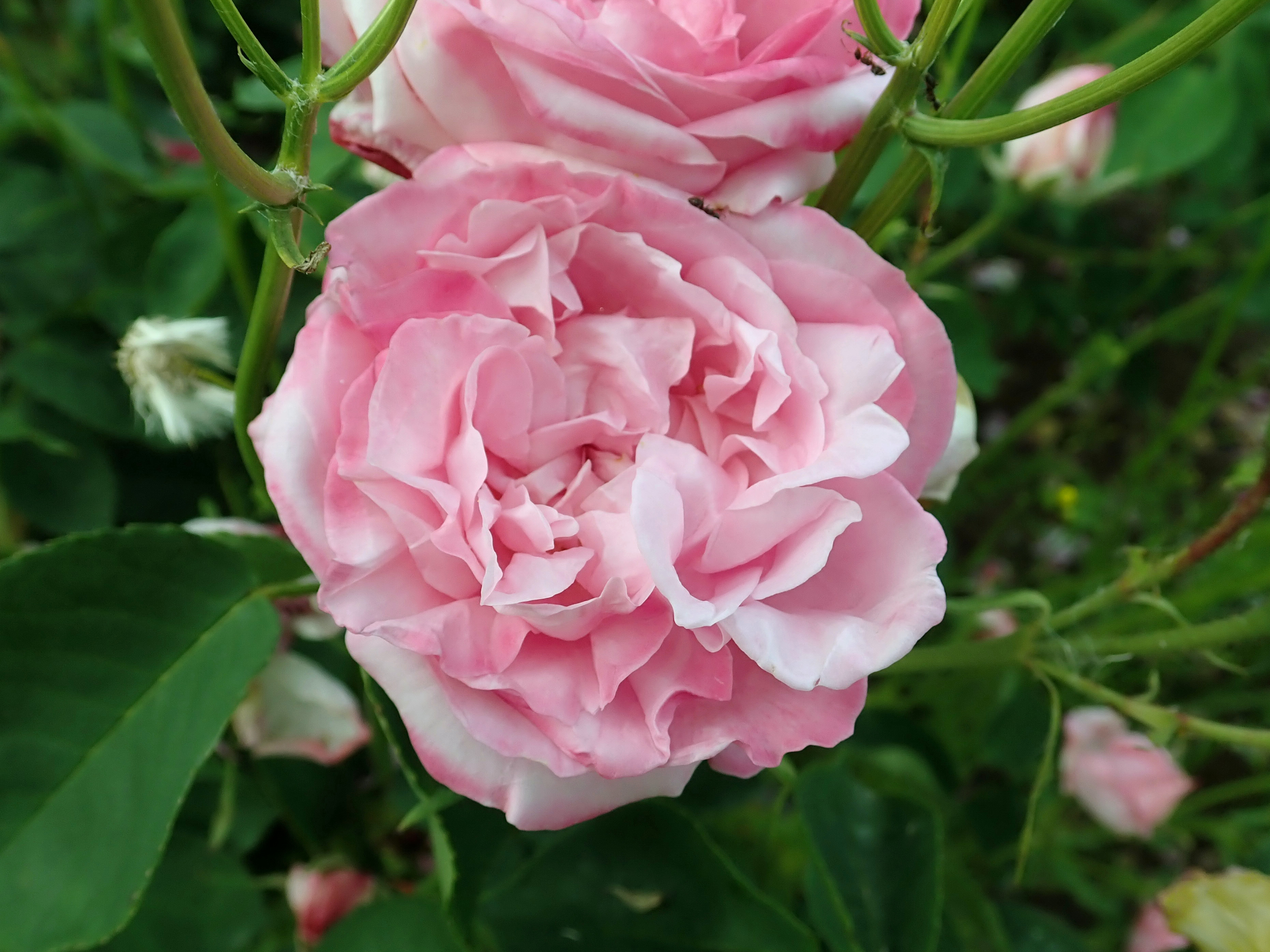
‘Toussaint-Louverture’, Louis Xavier Joseph Miellez, 1849
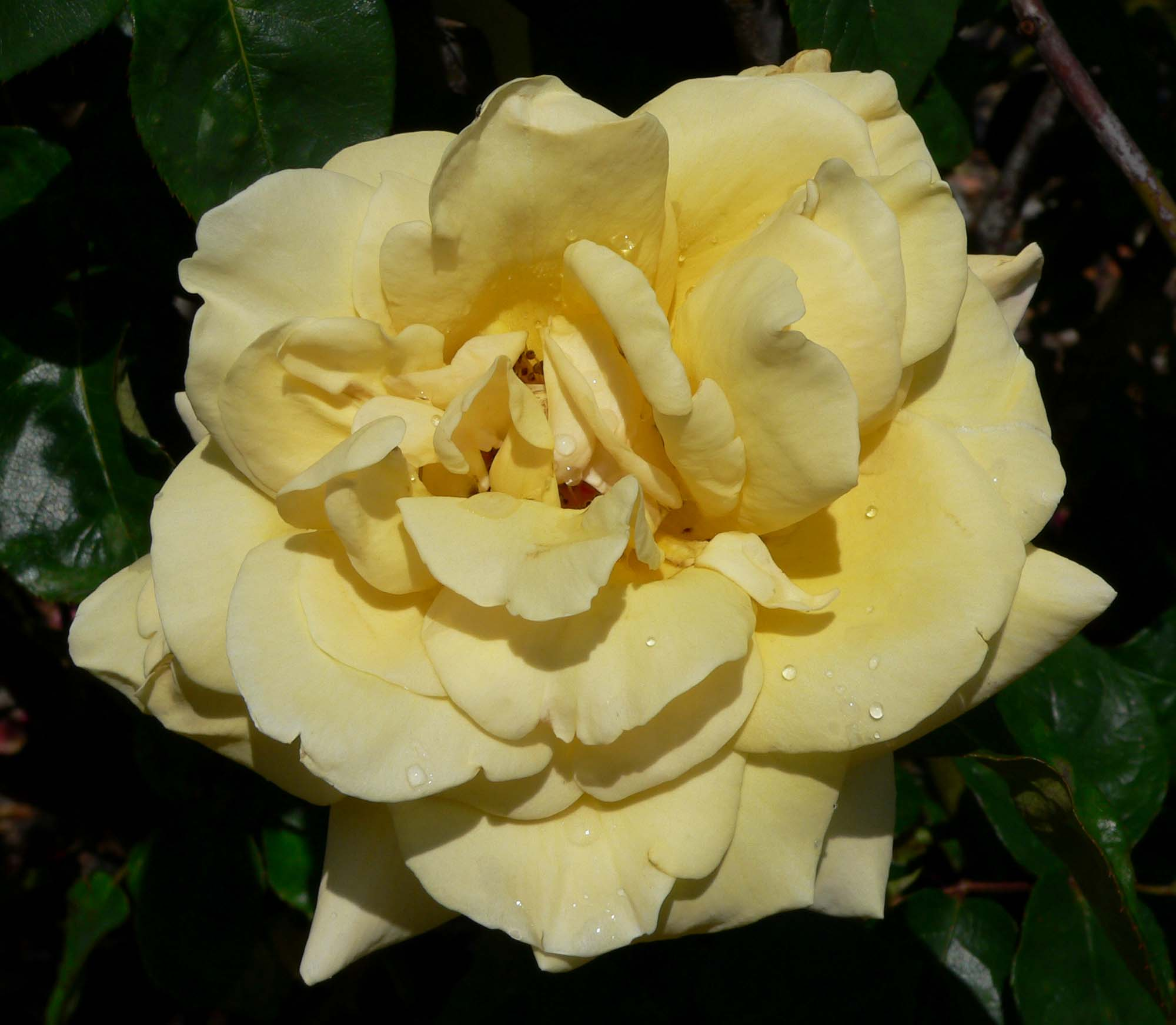
‘Town Crier’, Roy L. Byrum, 1958
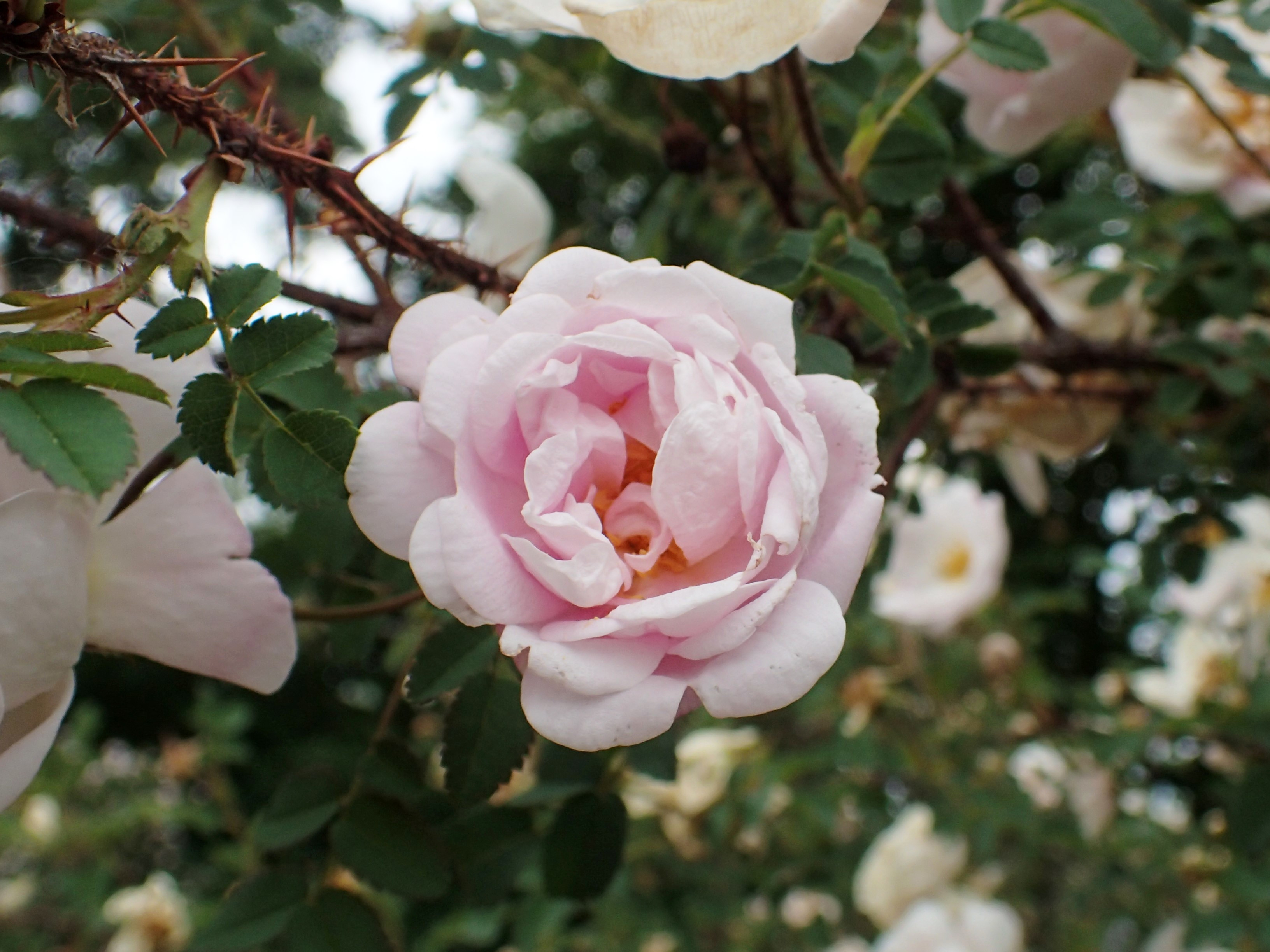
‘Townsend’, 1826
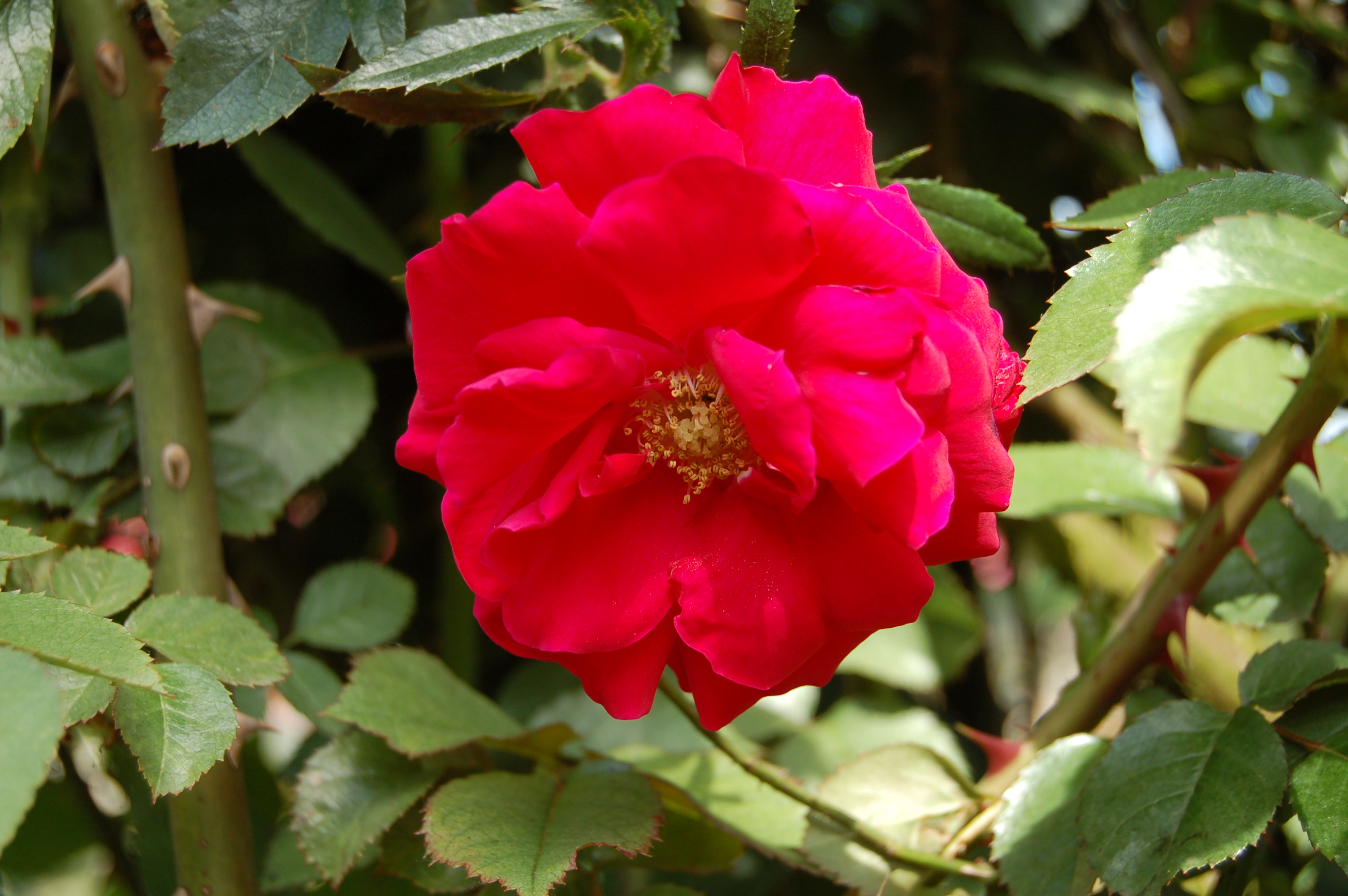
‘Tradition’, Kordes, 1995
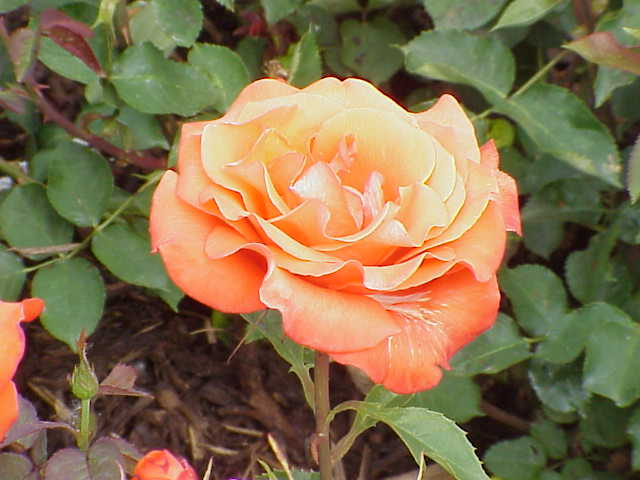
‘Träumerei’, Kordes, 1974
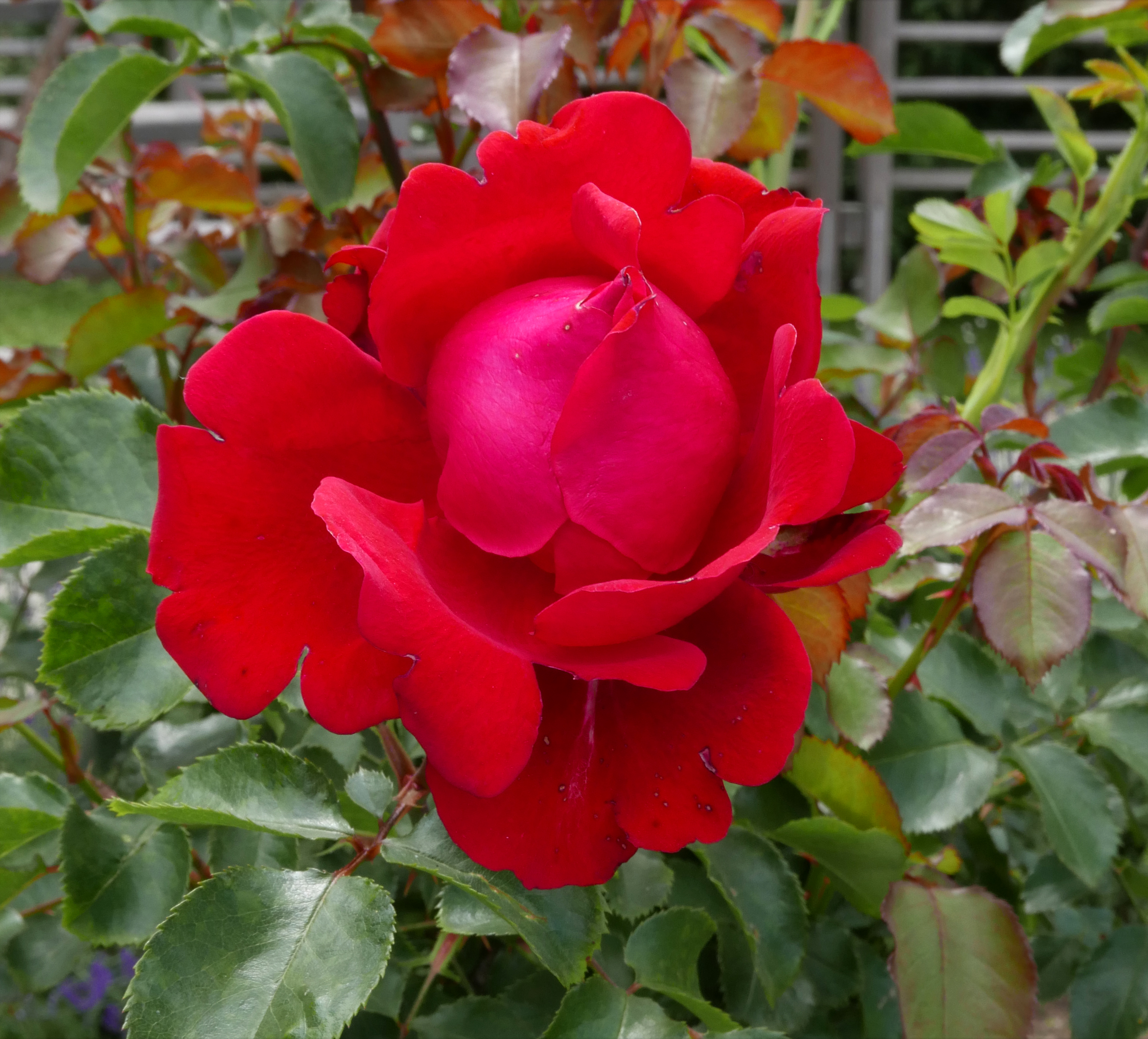
‘Traumfrau’, Kordes, 2012
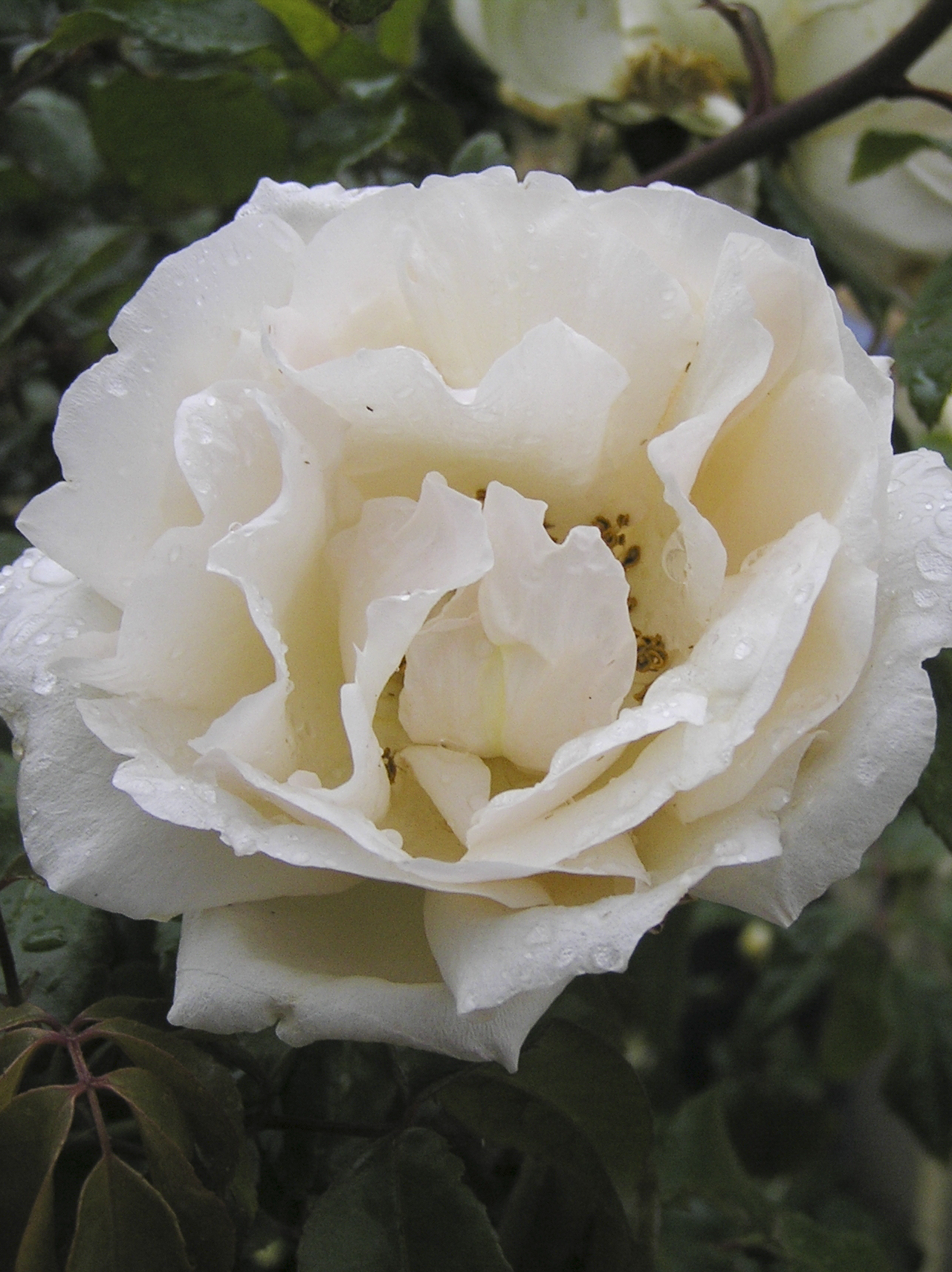
‘Traverser’, Alister Clark, 1928
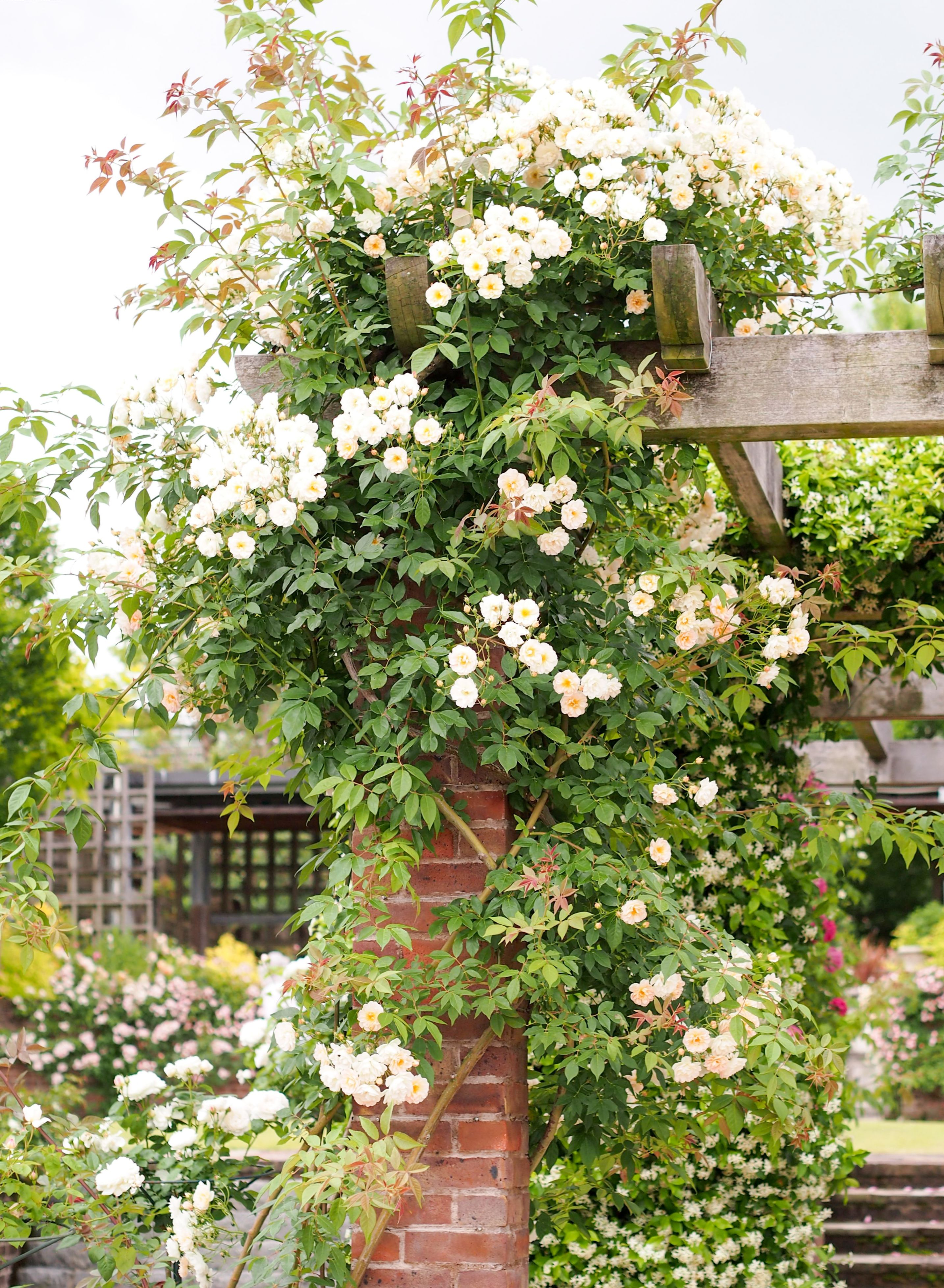
‘Treasure Trove’, Treasure, 1977
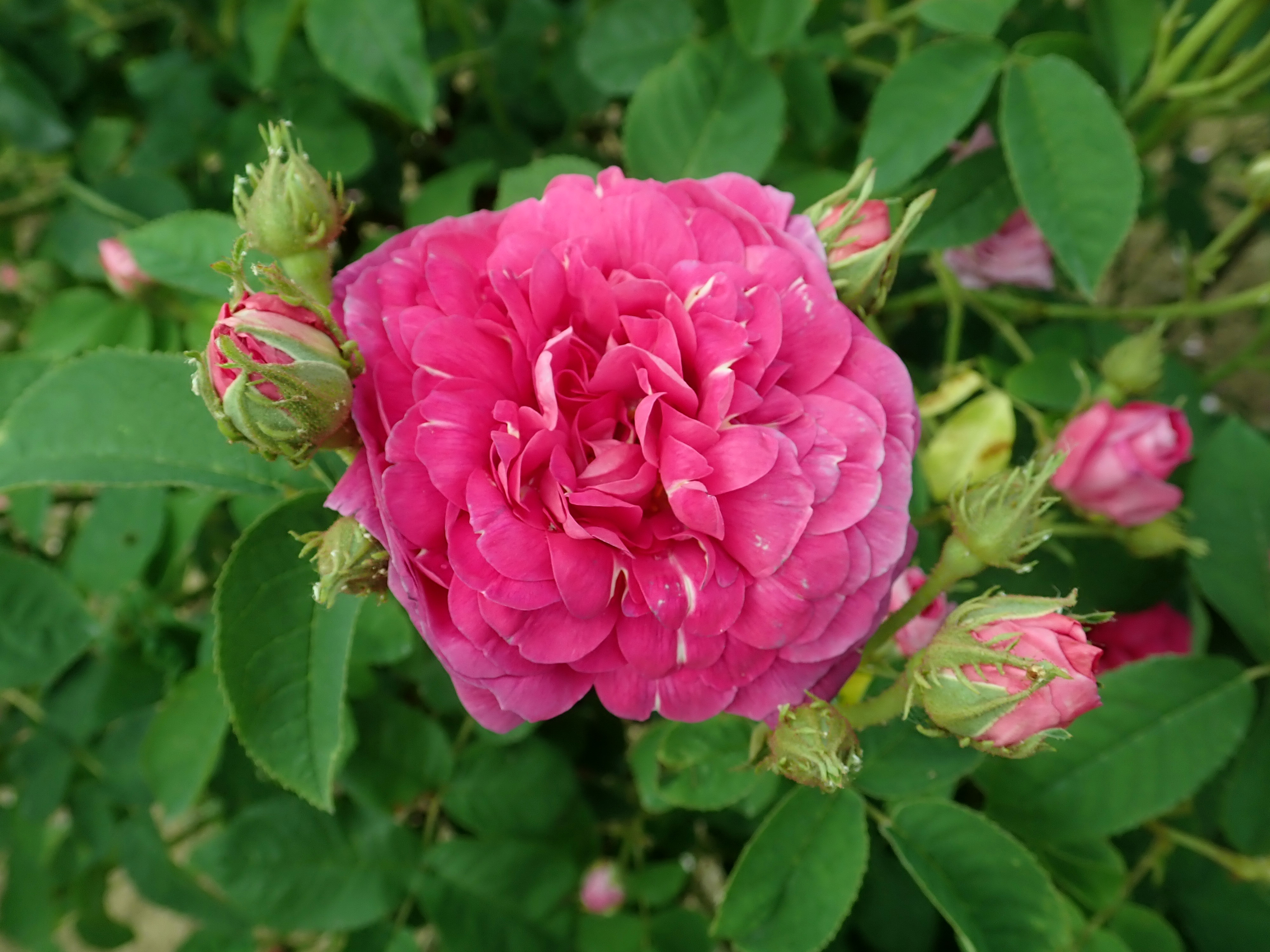
‘Tricolore’, Lahaye, 1827
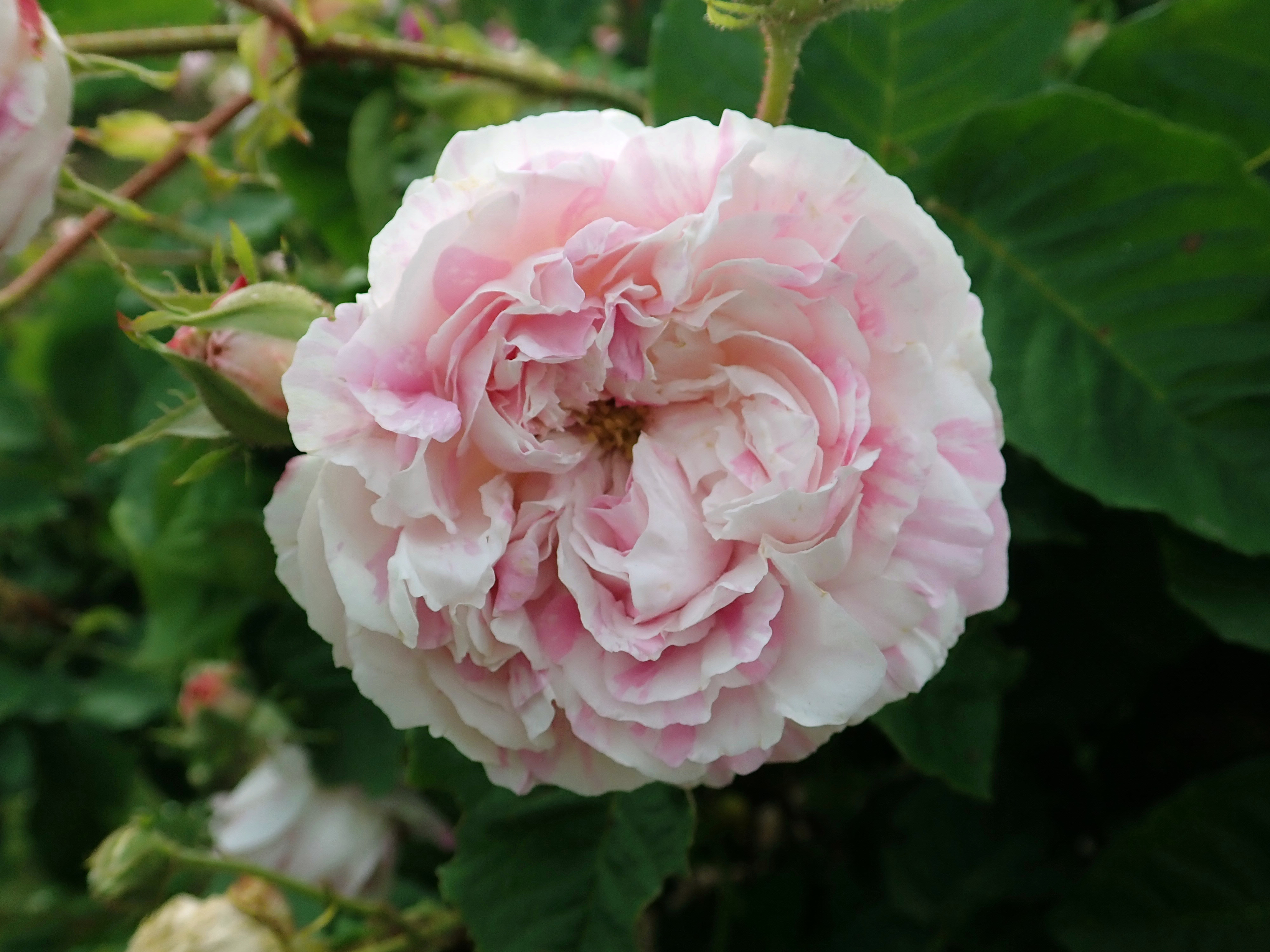
‘Tricolore de Flandre’, Parmentier/van Houtte, 1844/1846
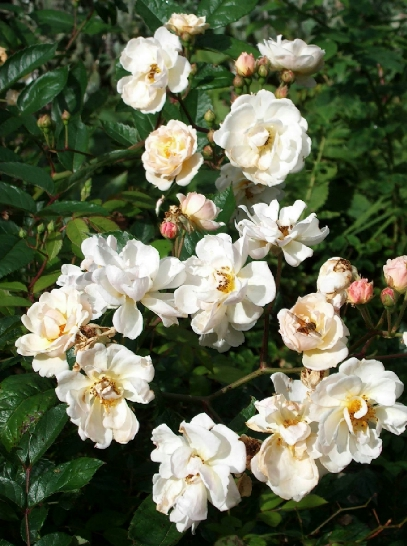
‘Trier’, Lambert, 1904
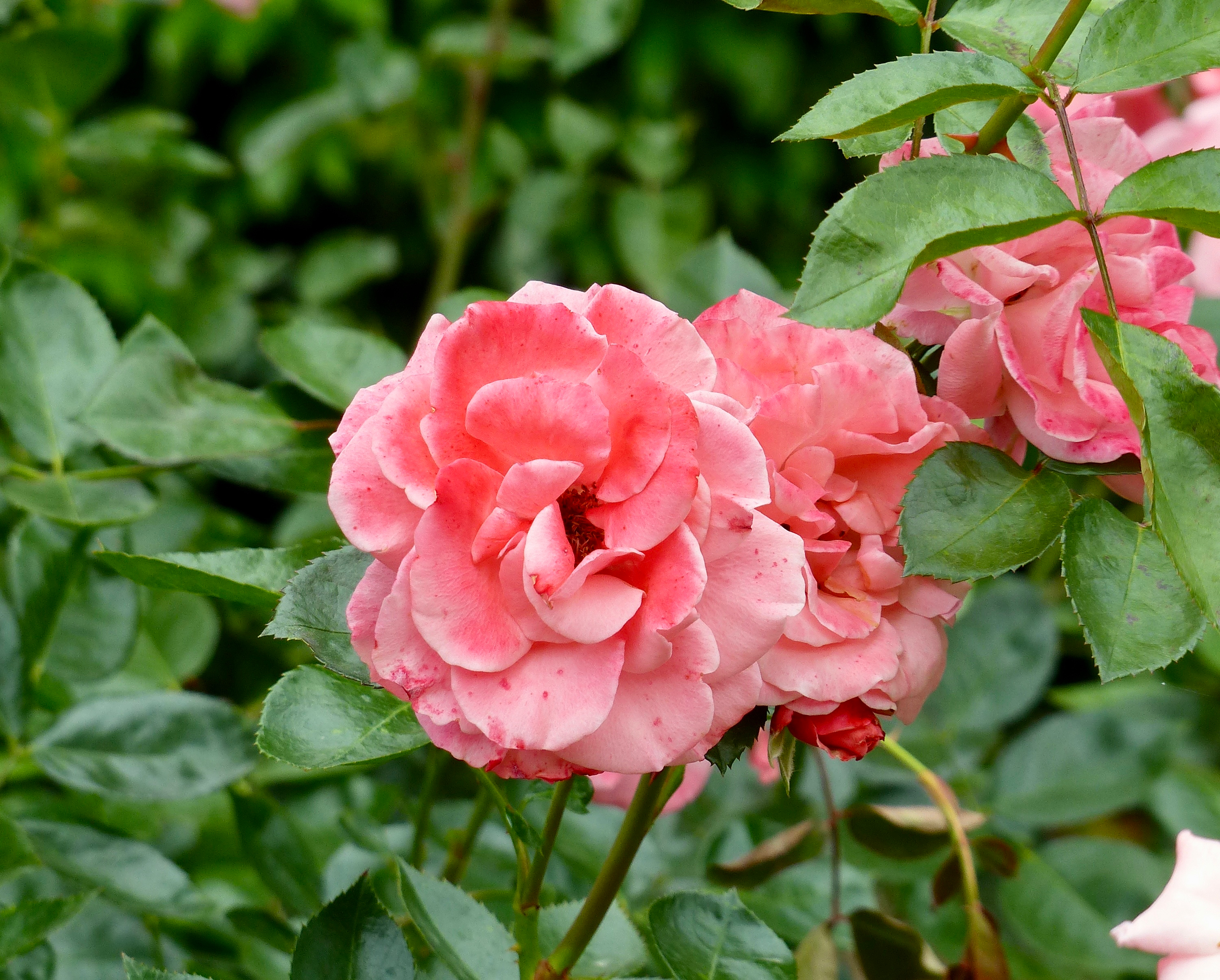
‘Trier 2000’, Kordes, 1985
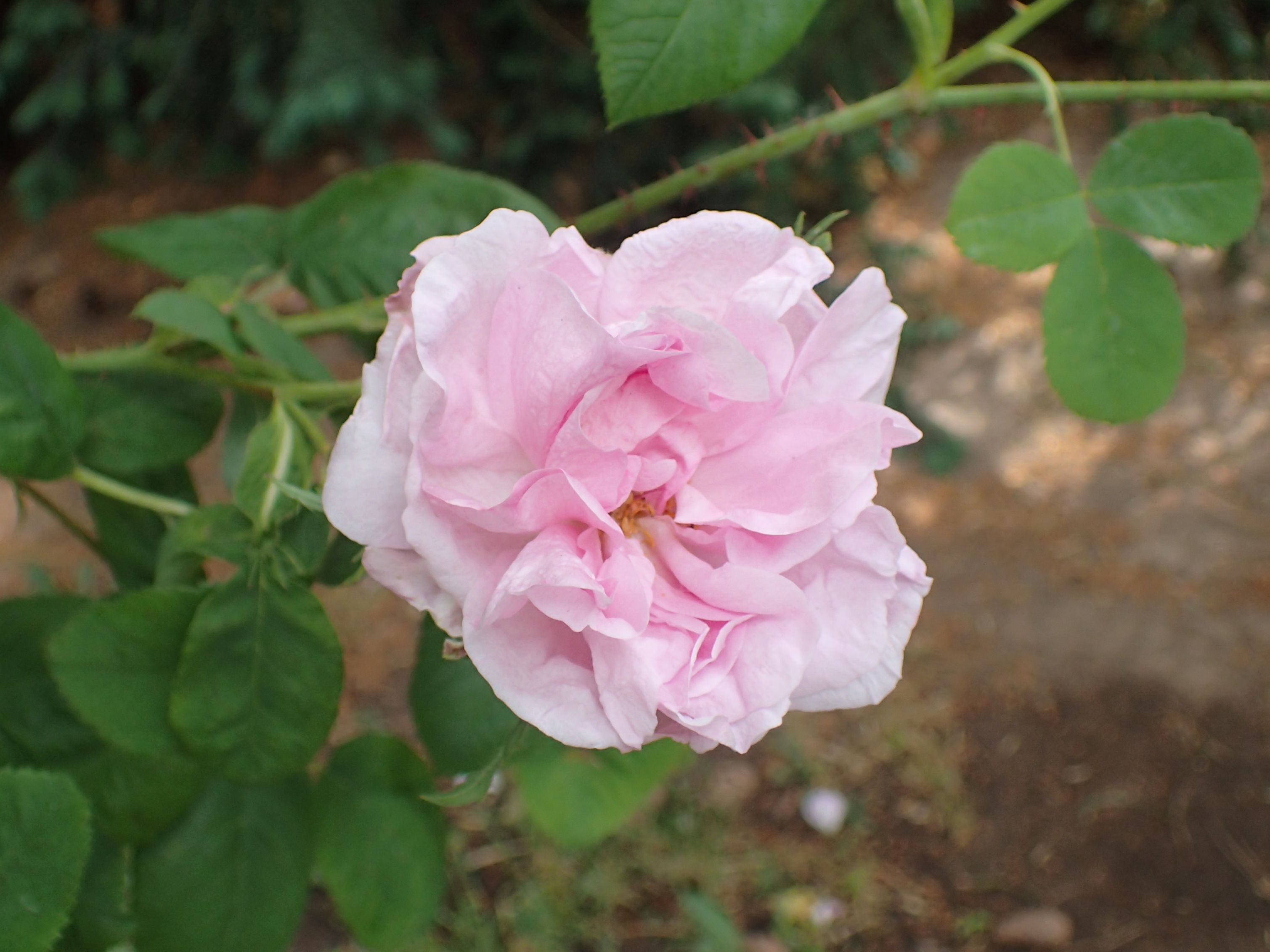
‘Trigintipetala’, Rosa damascena, vor 1612 (?)
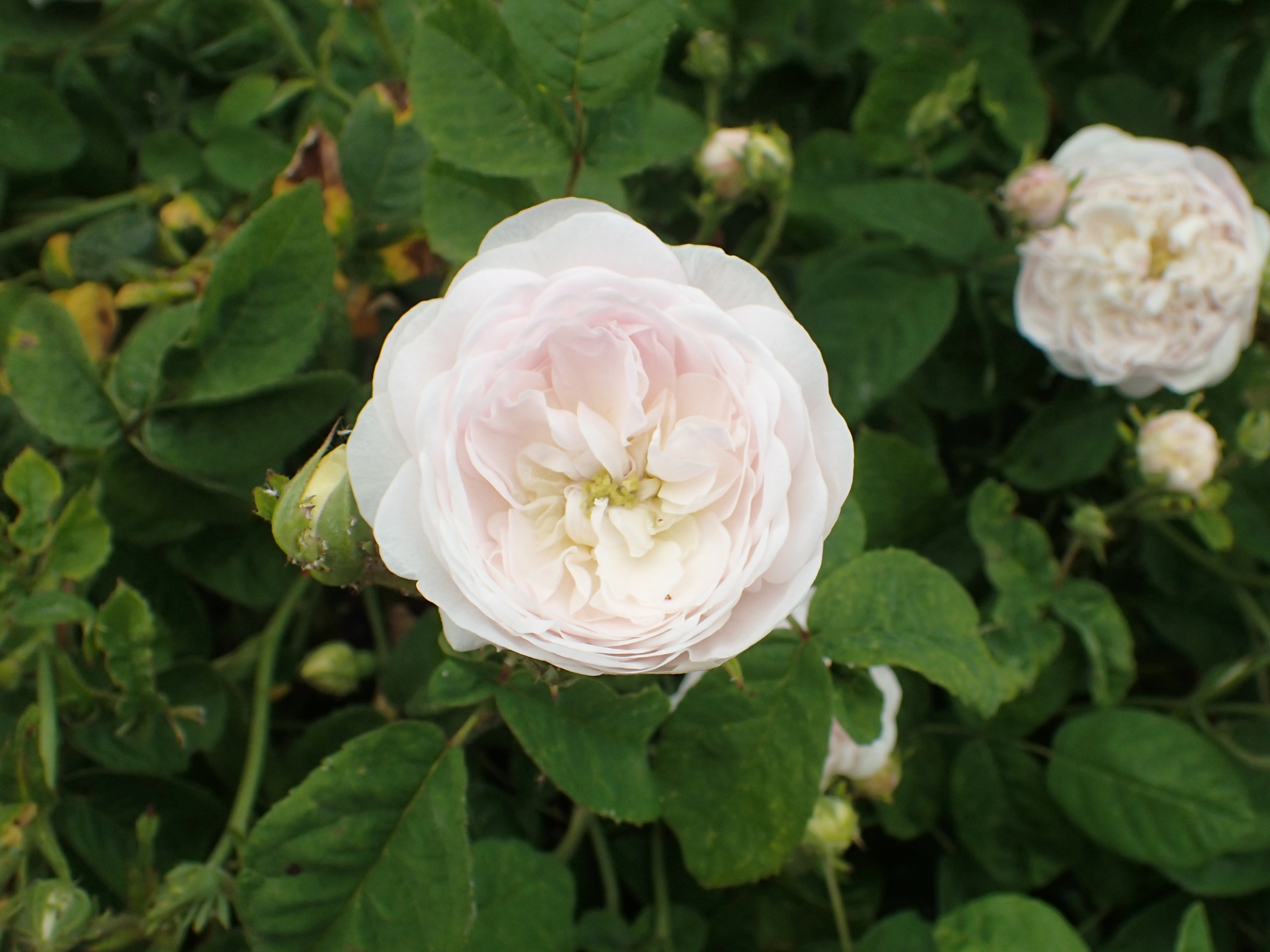
‘Triomphe de Flore’, Prévost, vor 1829
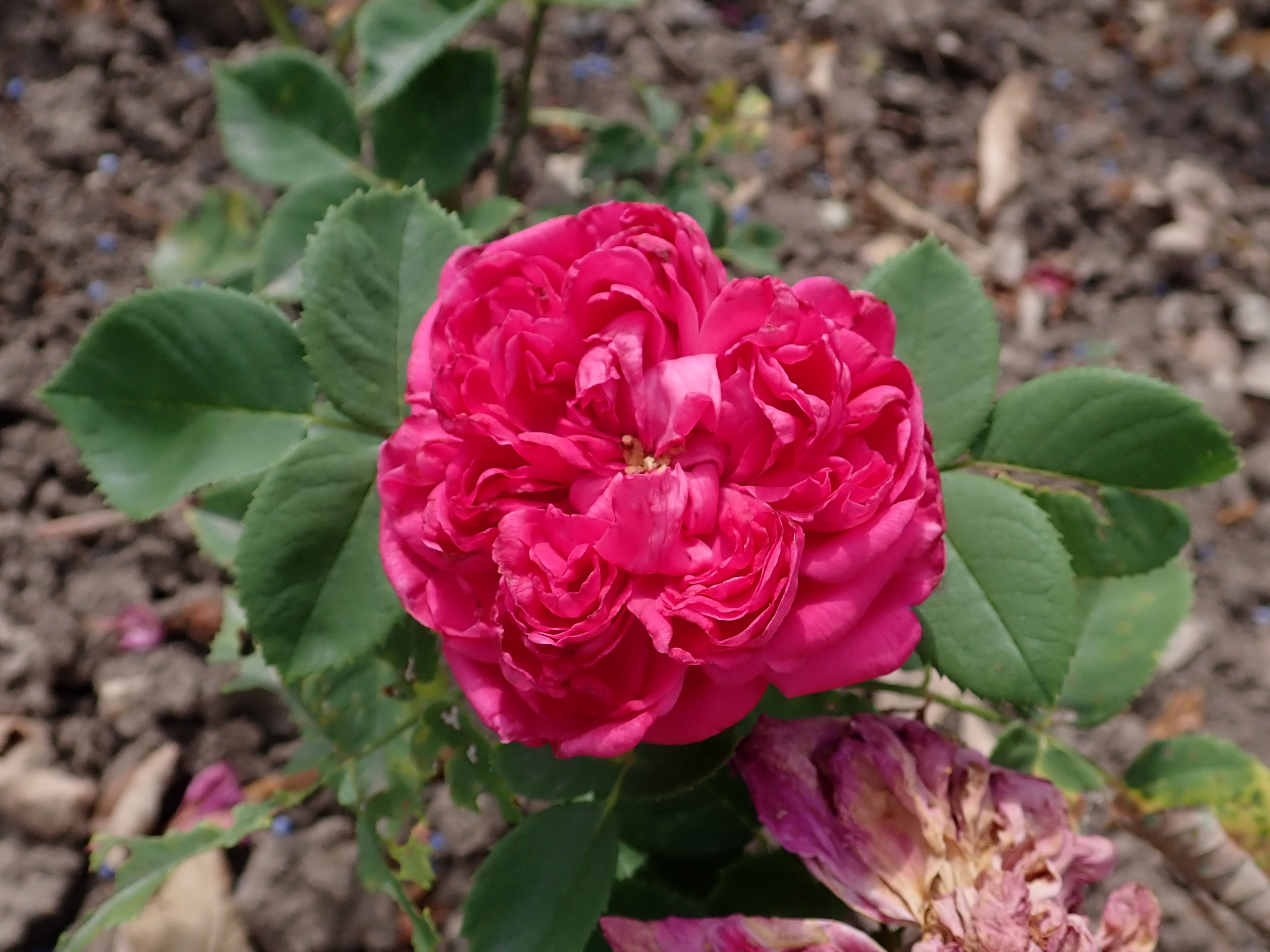
‘Triomphe de France’, Armand Garçon, 1875
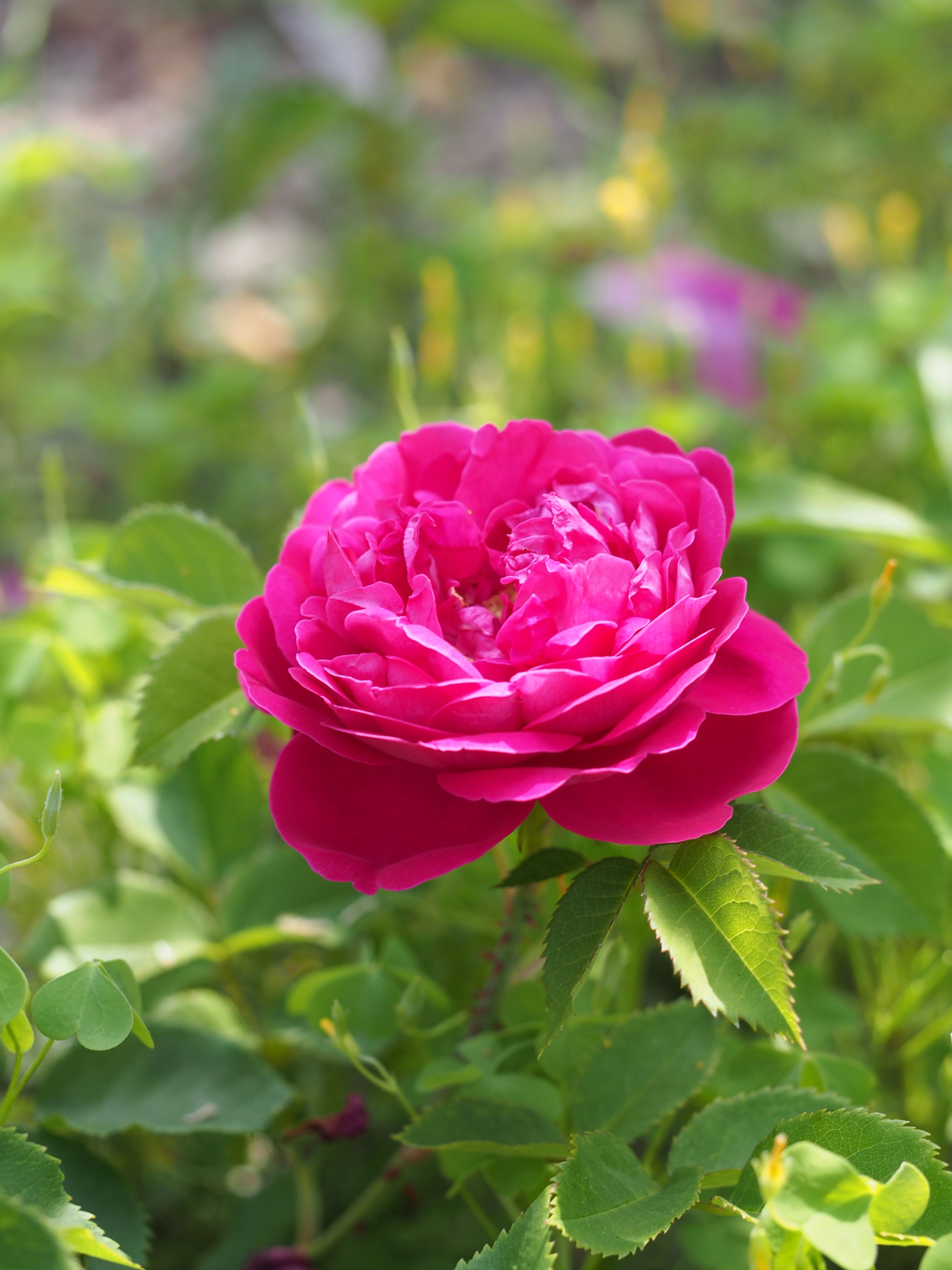
‘Triomphe de l’Exposition’, Margottin, vor 1855
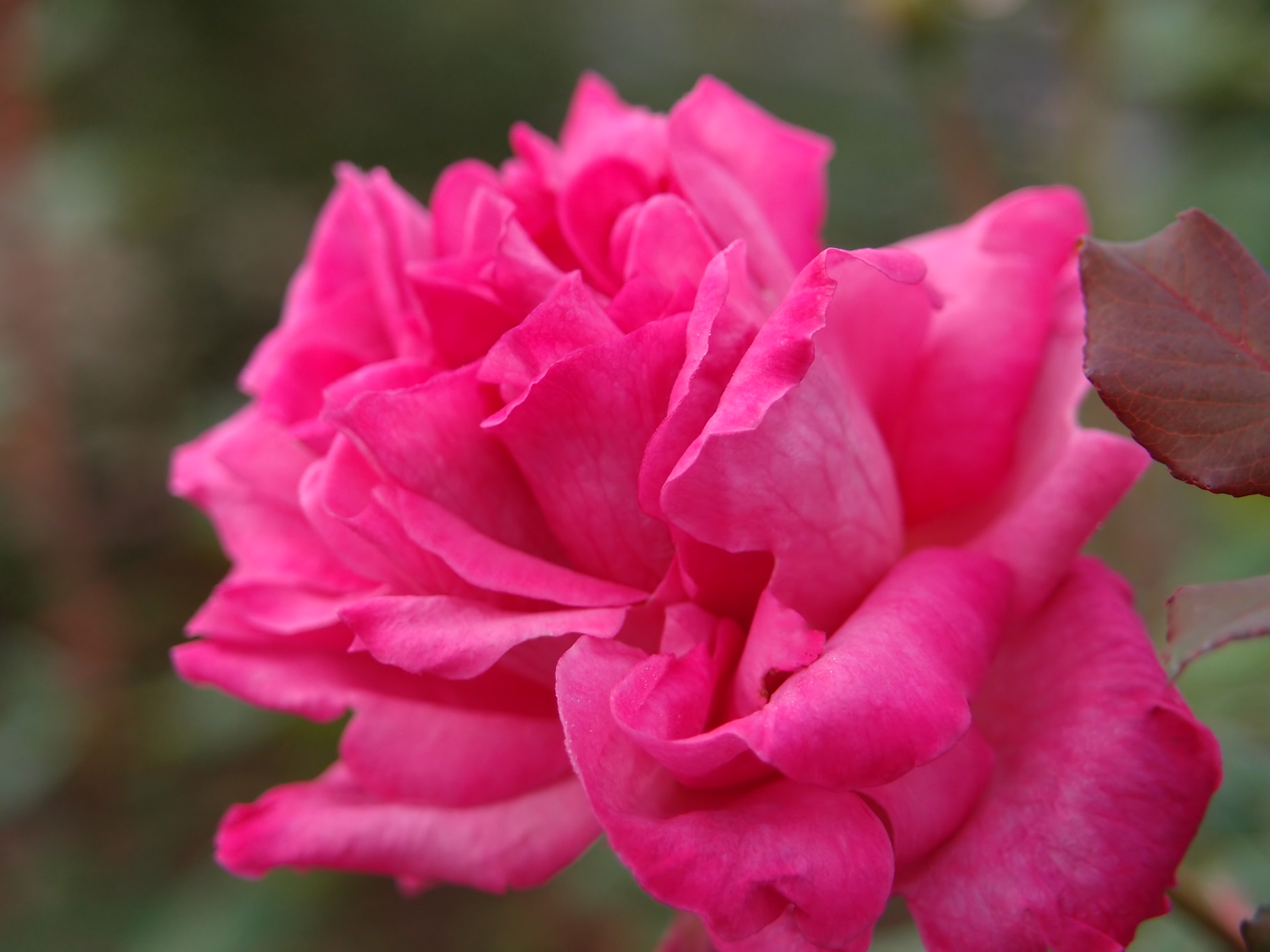
‘Triomphe de Pernet Père’, Pernet, 1890
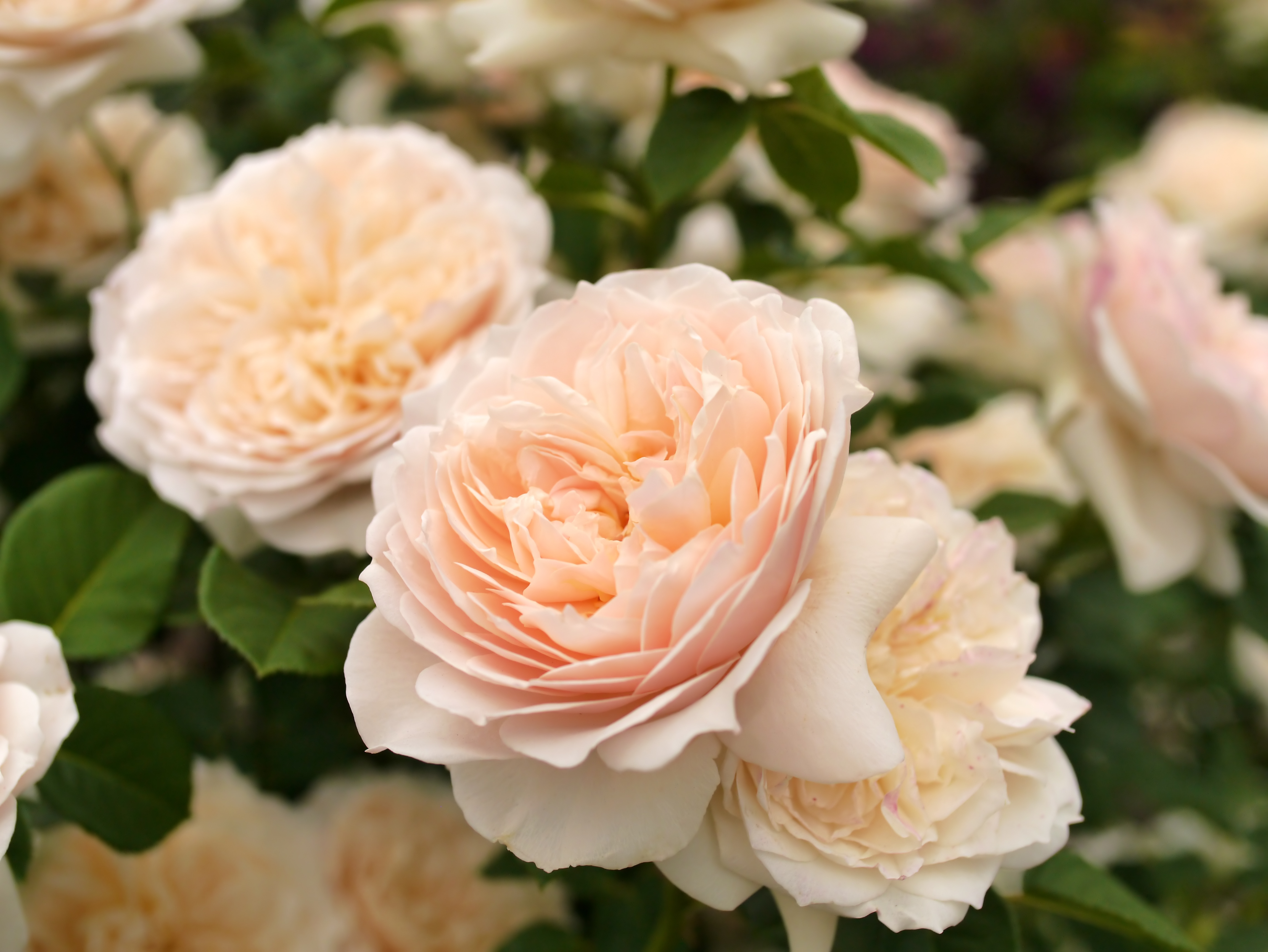
‘Troilus’, David Austin, 1983
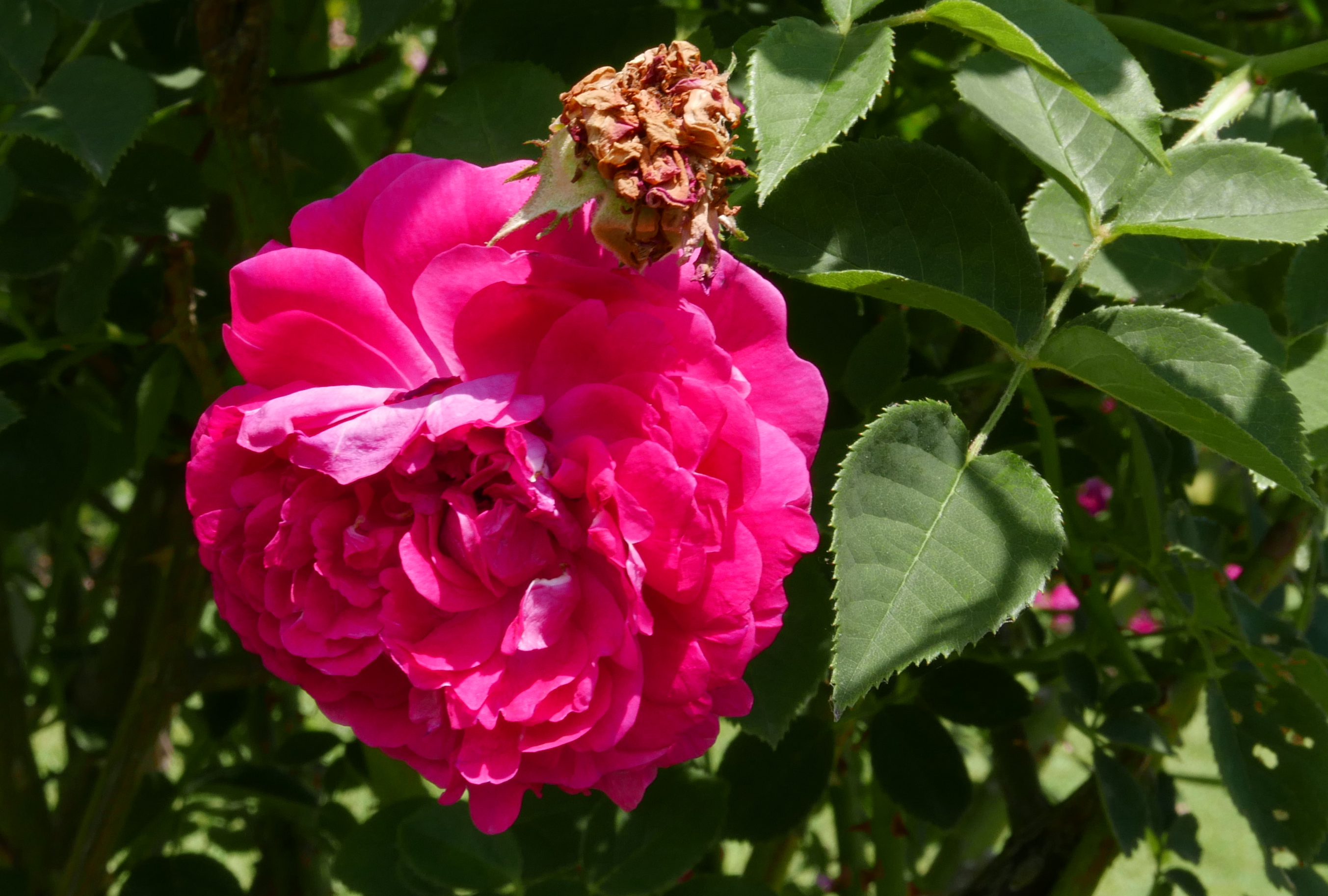
‘Trompeter von Säckingen’, Geschwind, 1890
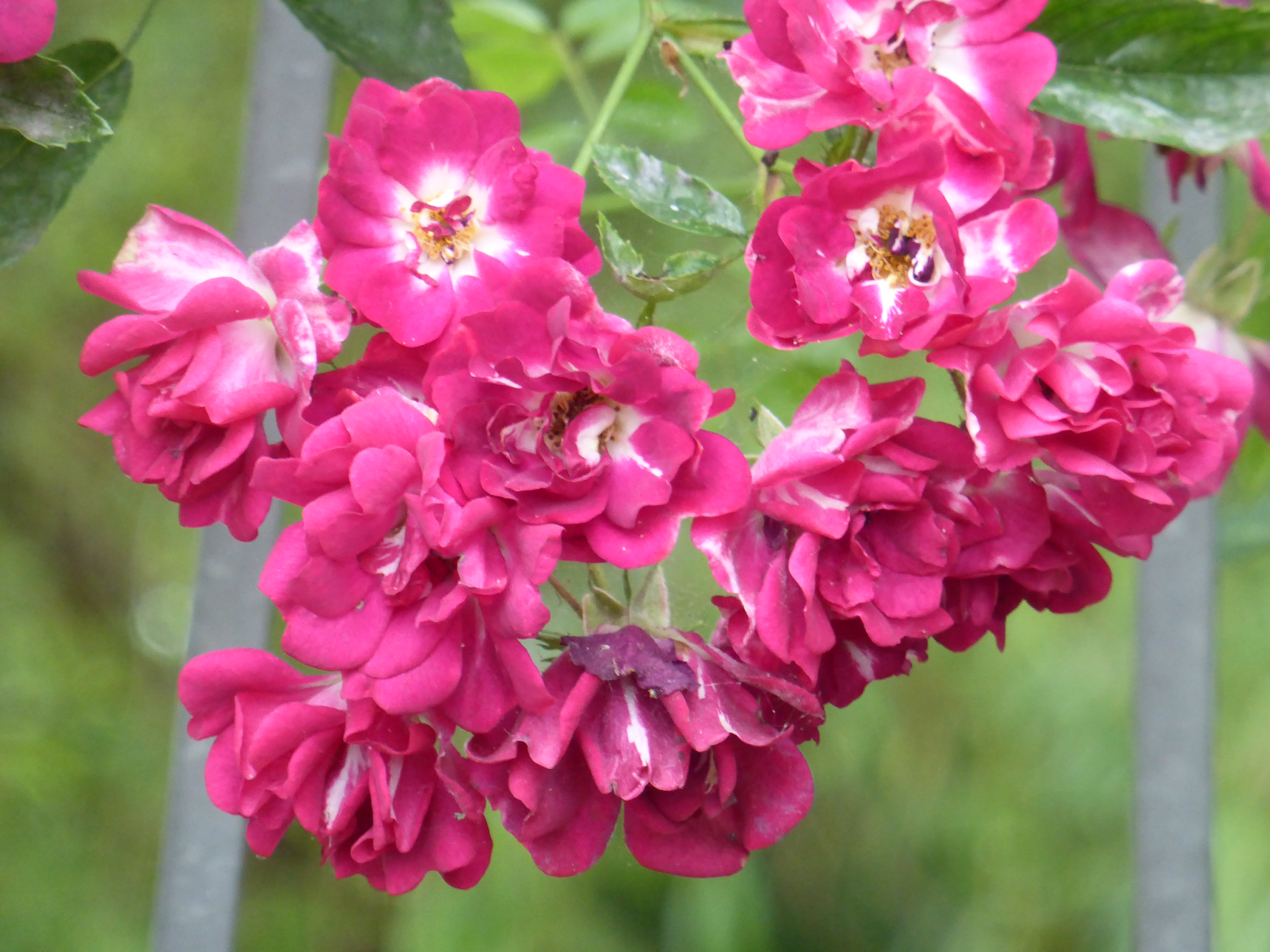
‘Troubadour’, Walsh, 1910
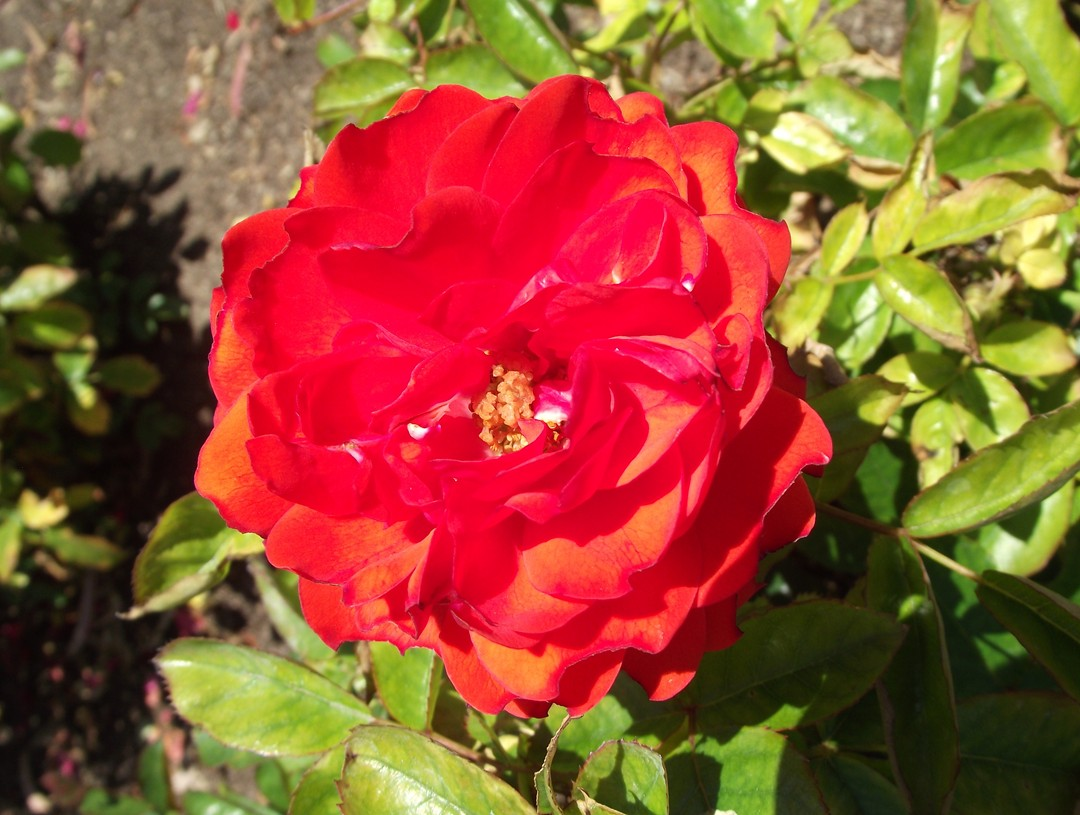
‘Trumpeter’, McGredy, 1980
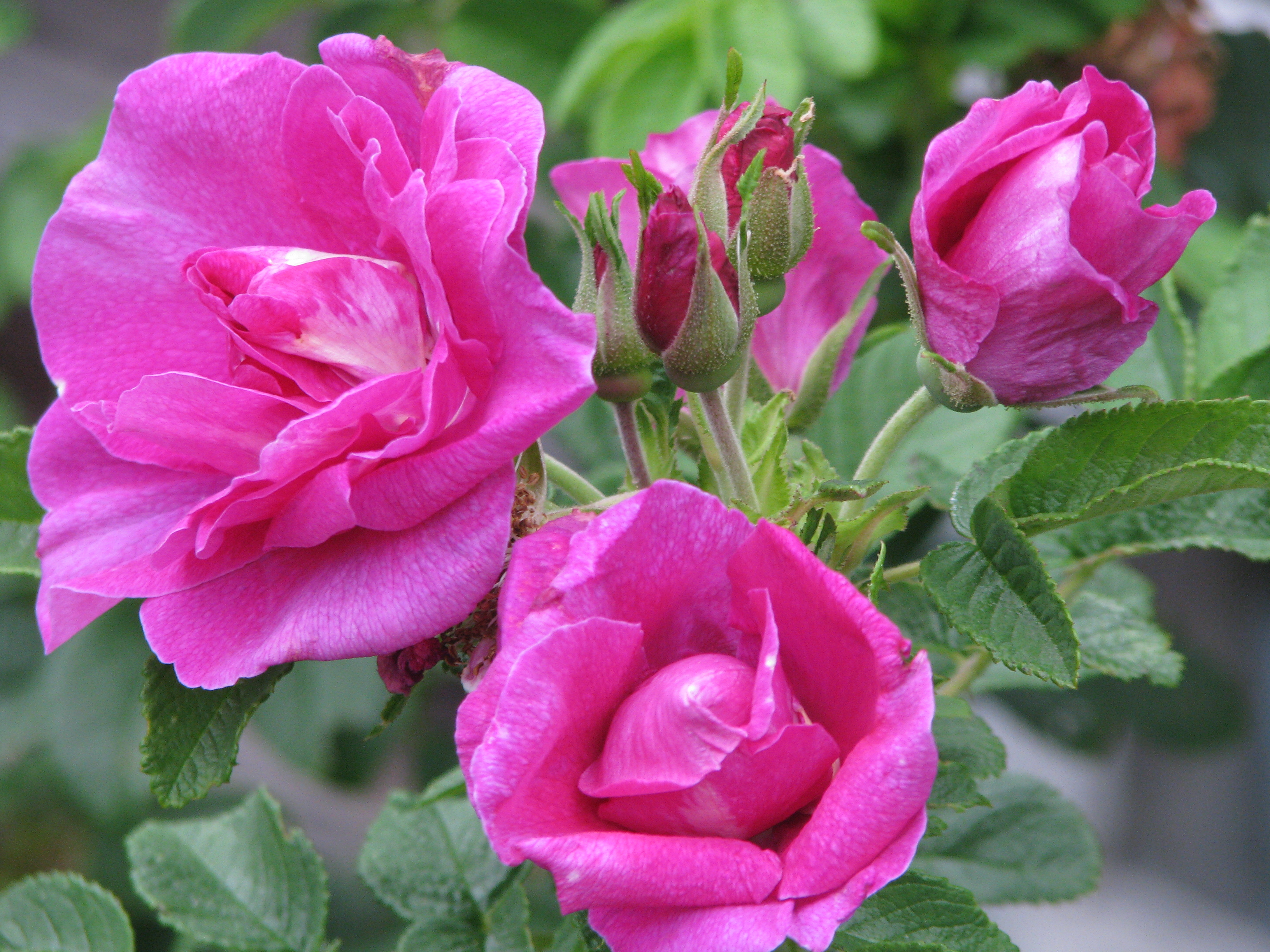
‘Tsaritsa Severa’, Rosa rugosa, Eduard August von Regel, 1879
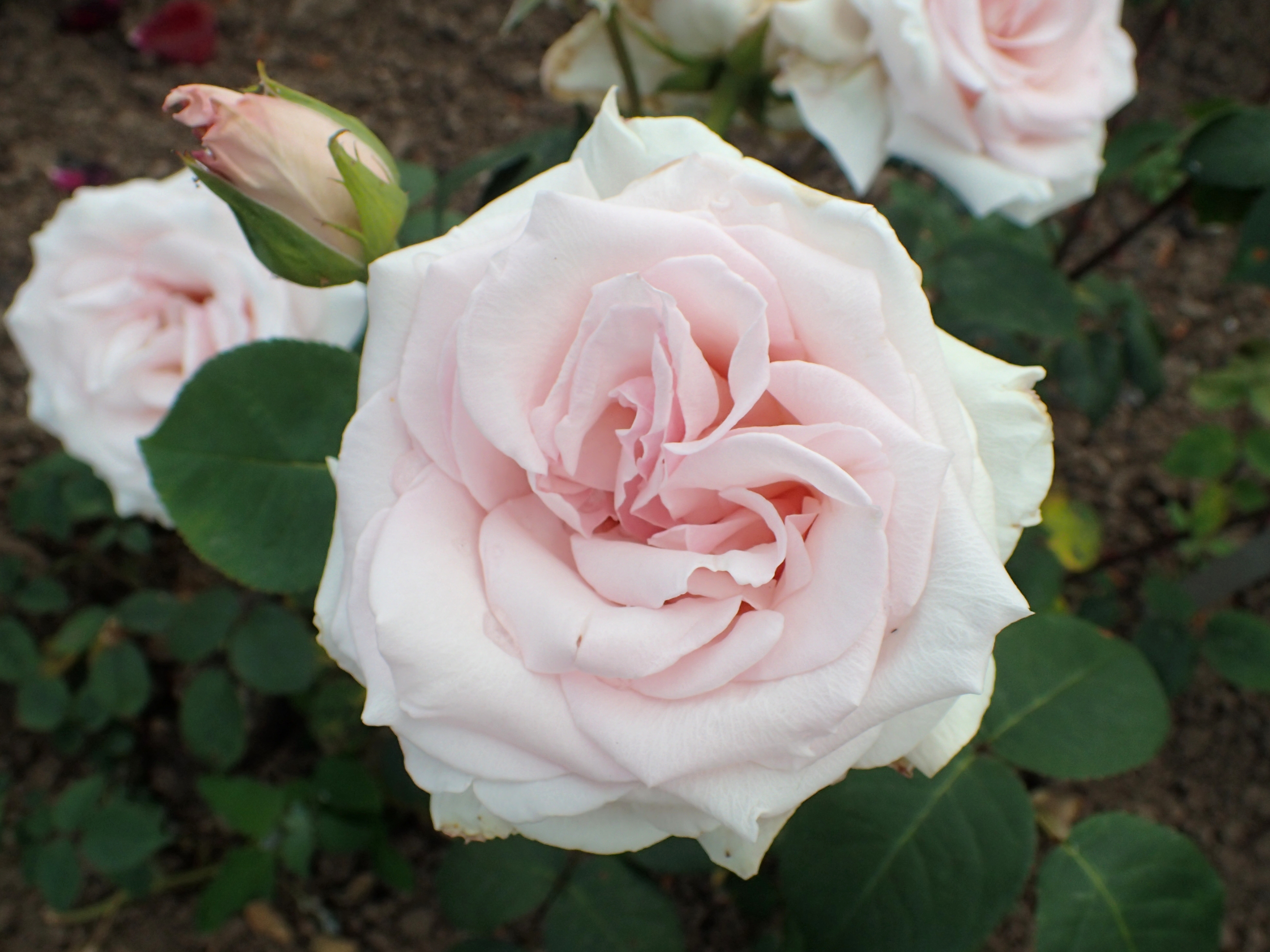
‘Tschaika’, Klimenko, 1959
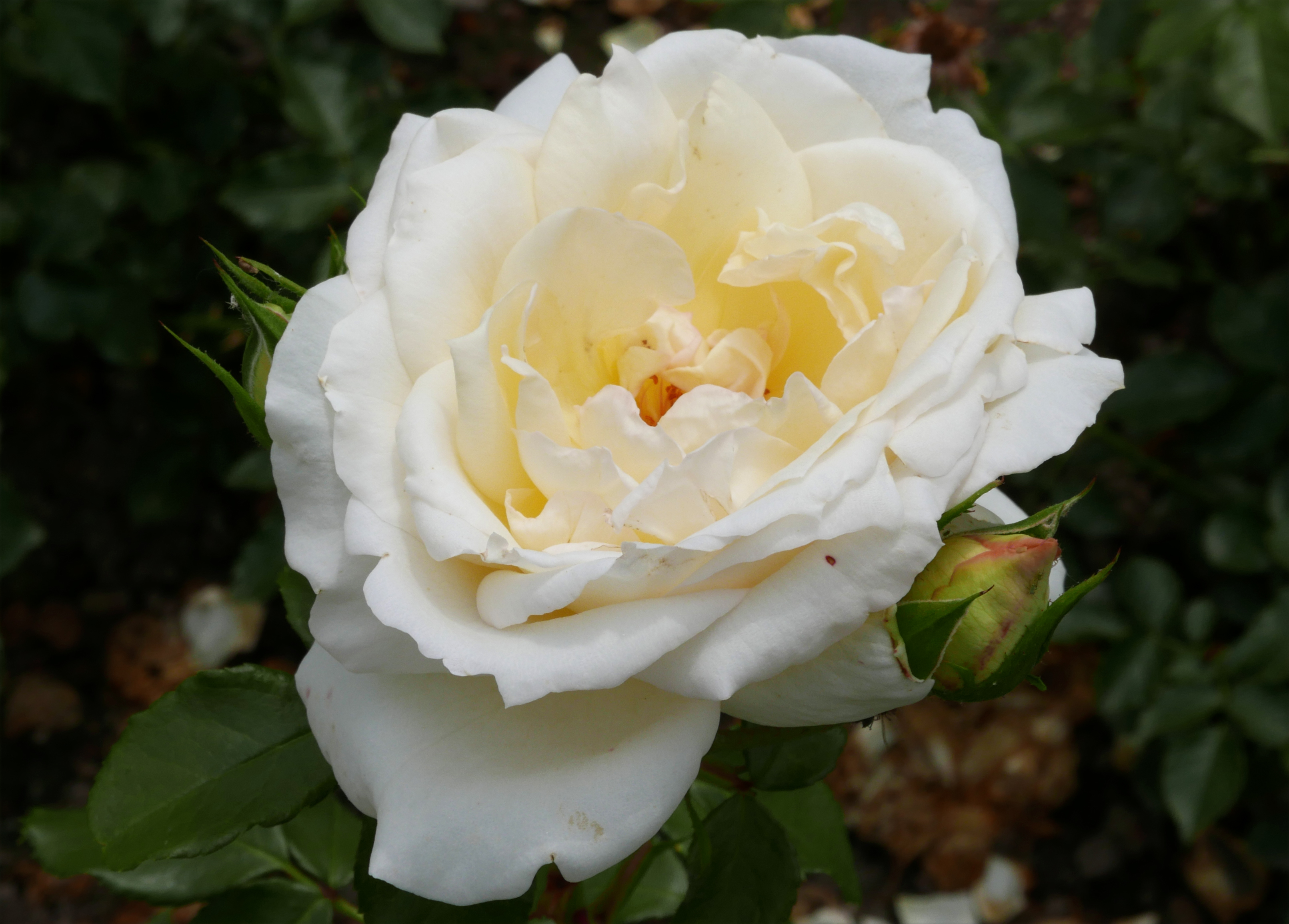
‘Tschaikowski’, Meilland, 1999
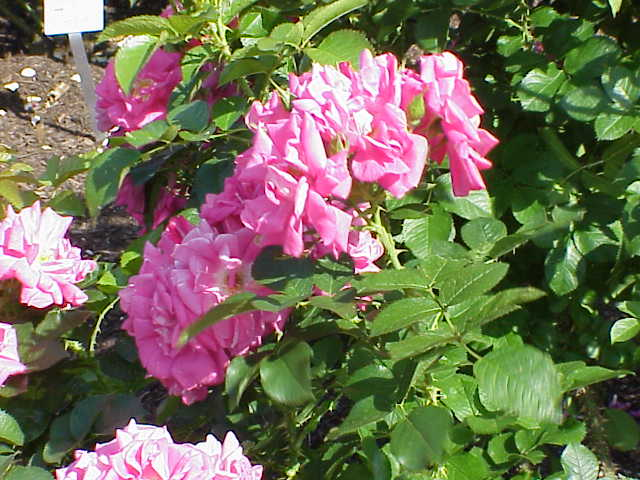
‘Turbo’, Meilland, 1993
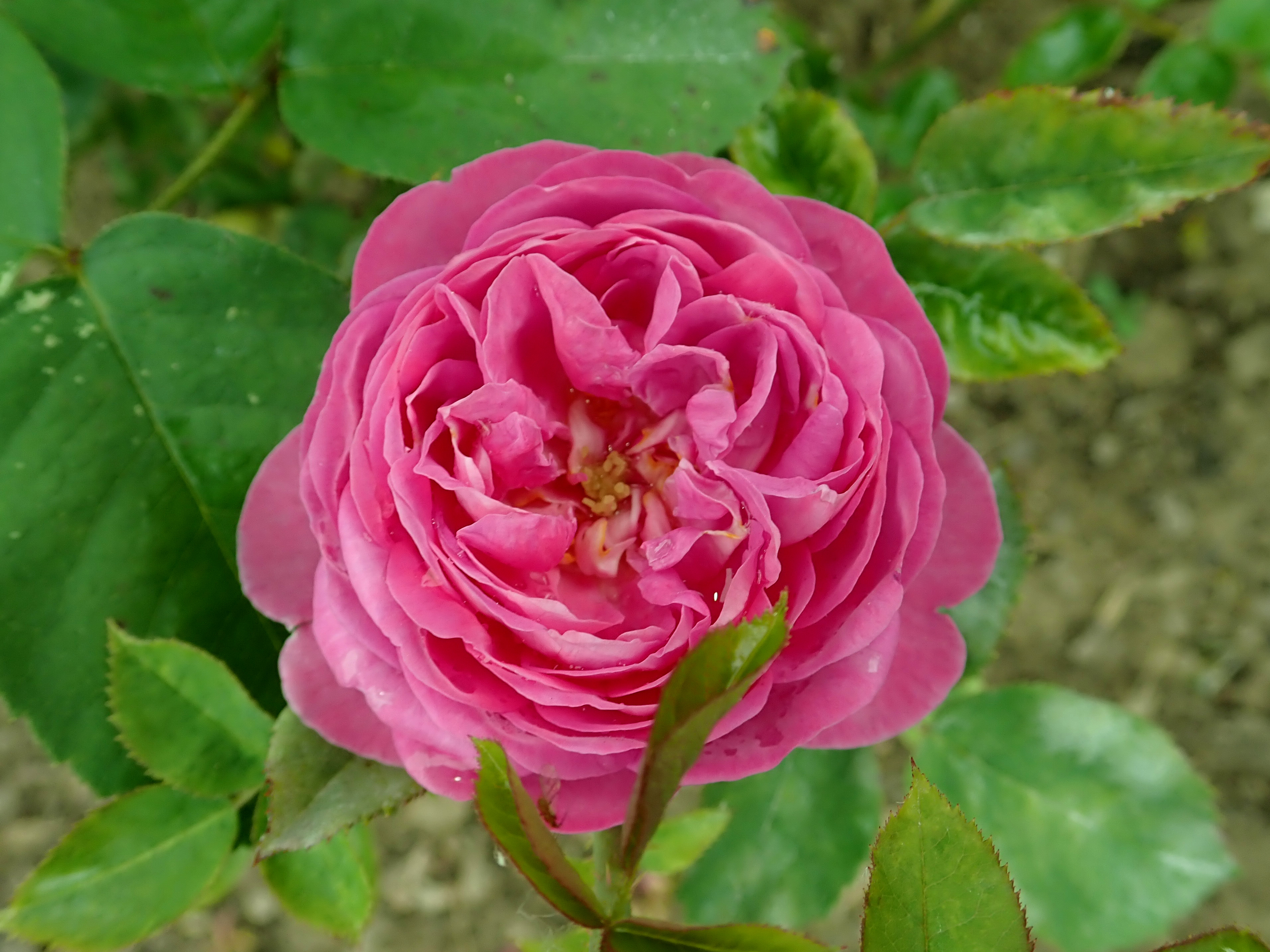
‘Turenne’, Victor Verdier, 1861
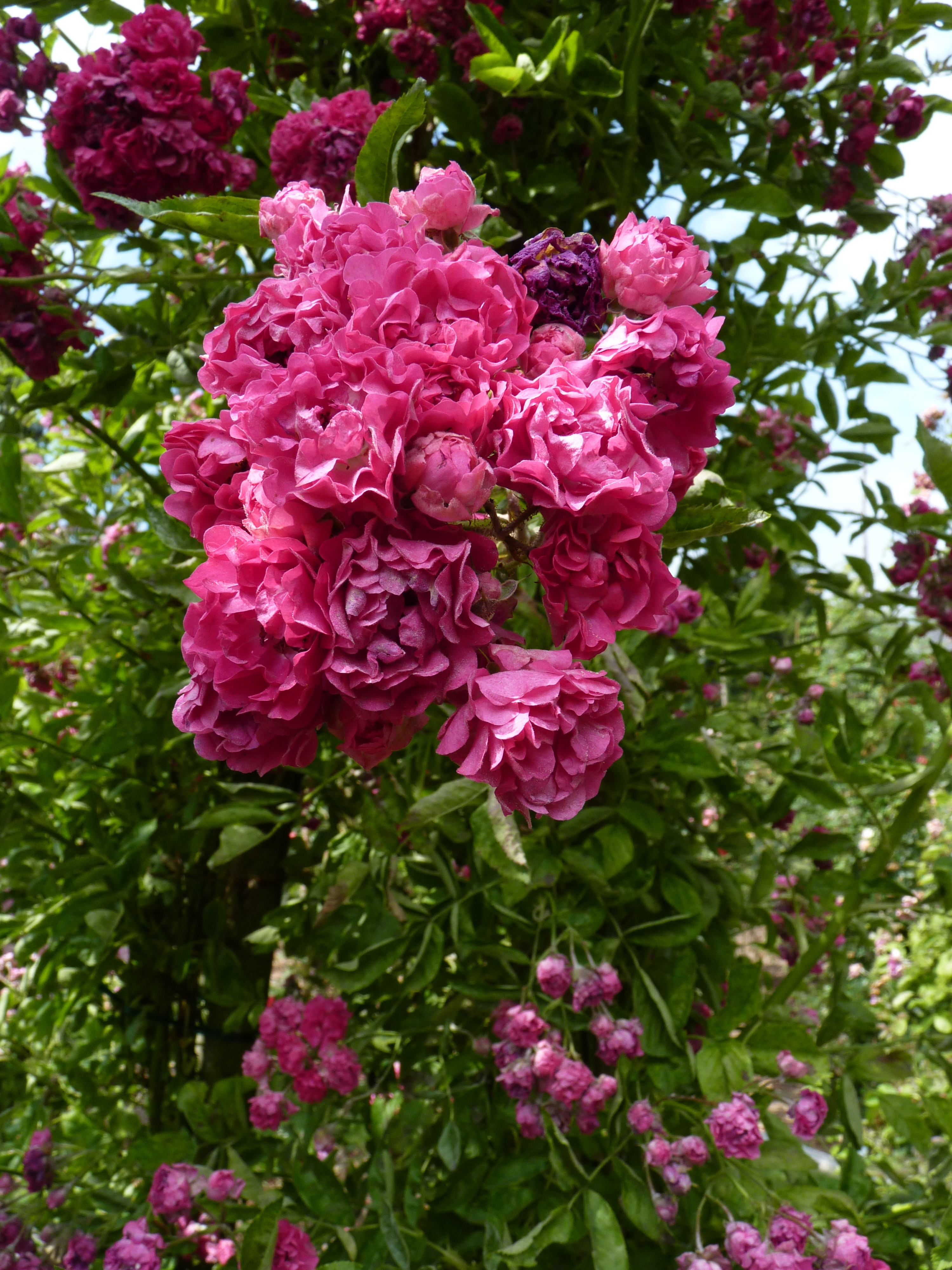
‘Turners Crimson Rambler’, Turner, 1893
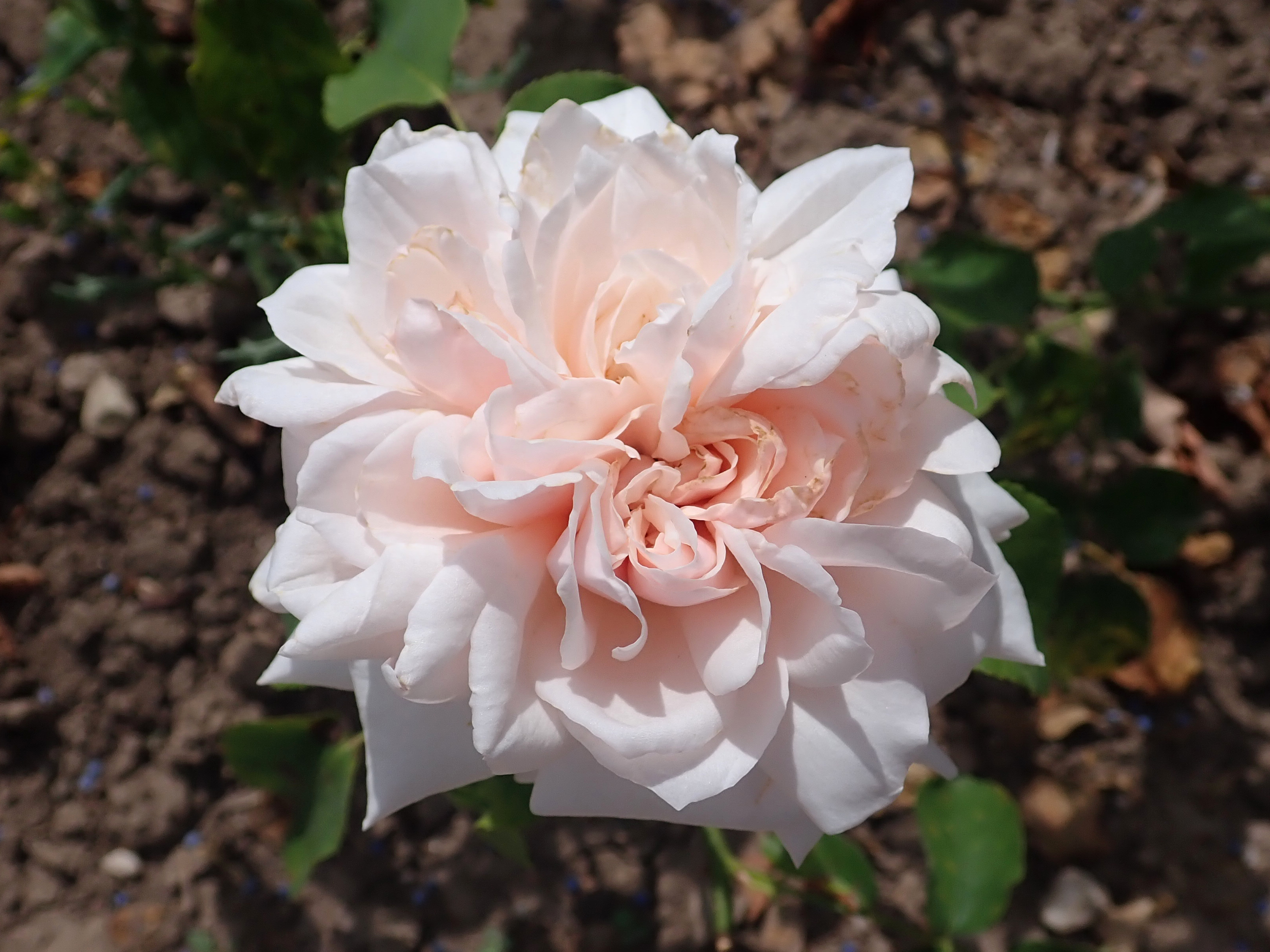
‘Turnvater Jahn’,  Karl Müller-Almrich, 1927
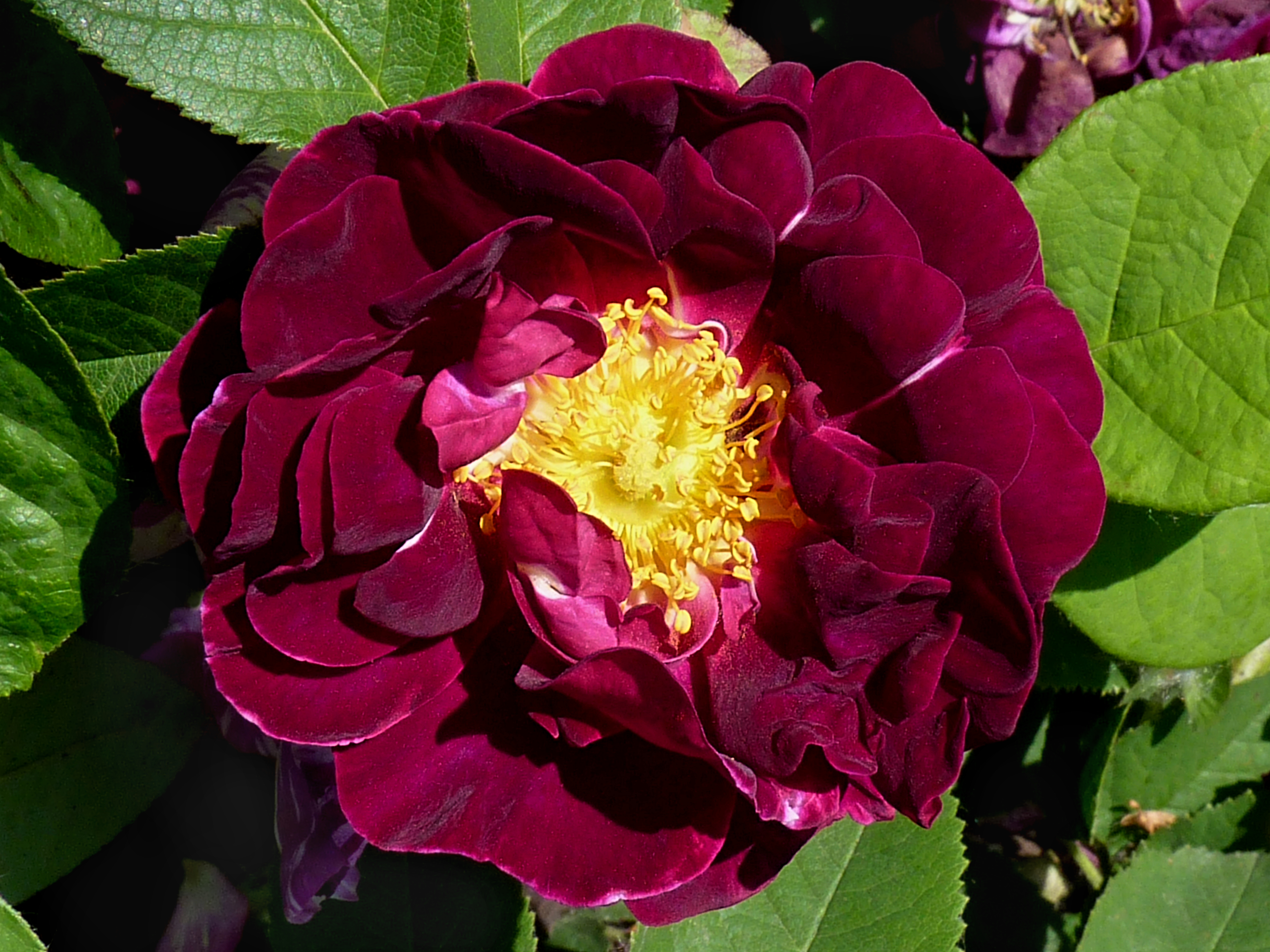
‘Tuscany’, Rosa gallica, vor 1581
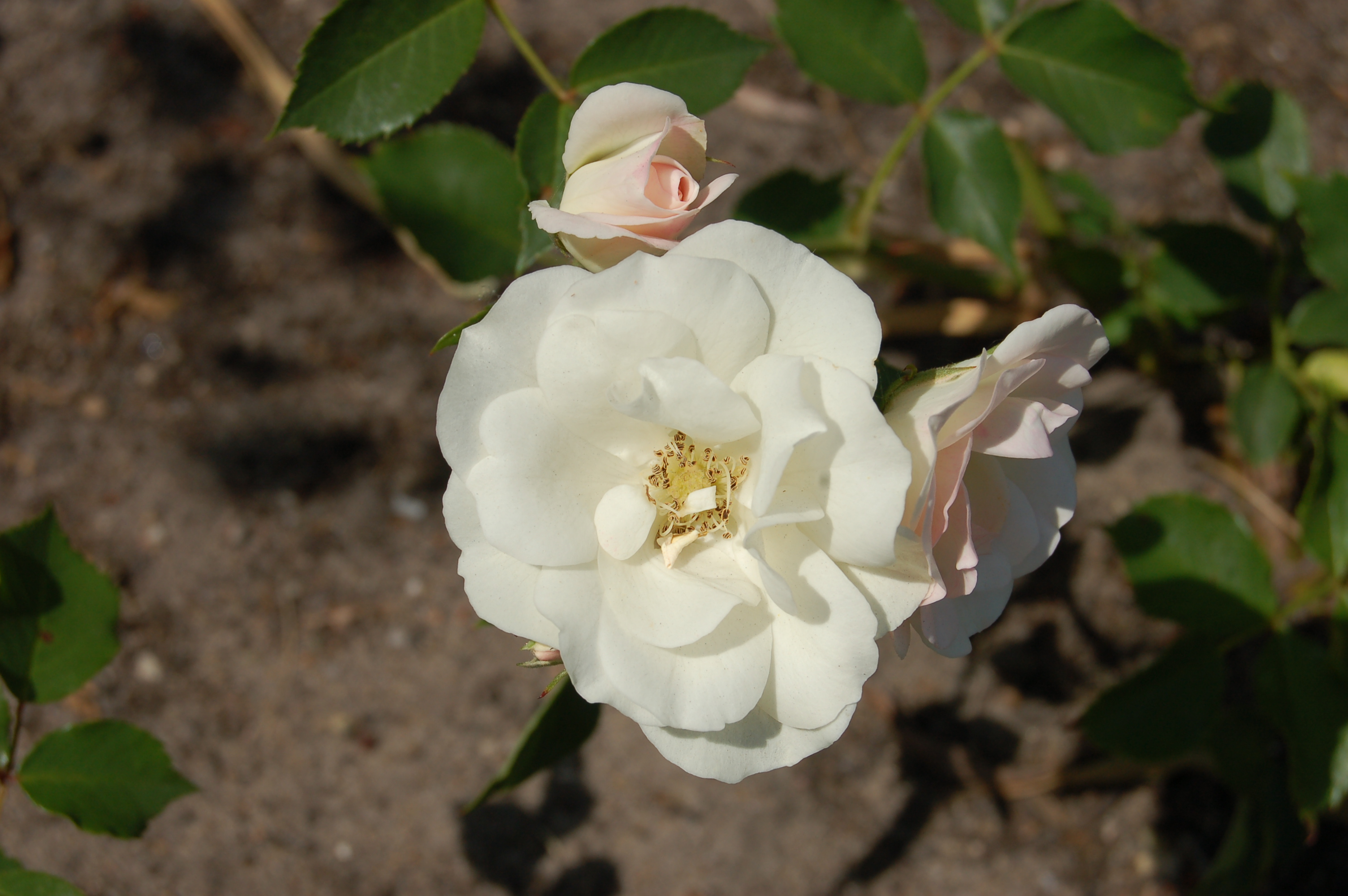
‘Tutti-Frutti’, Meilland, 2002
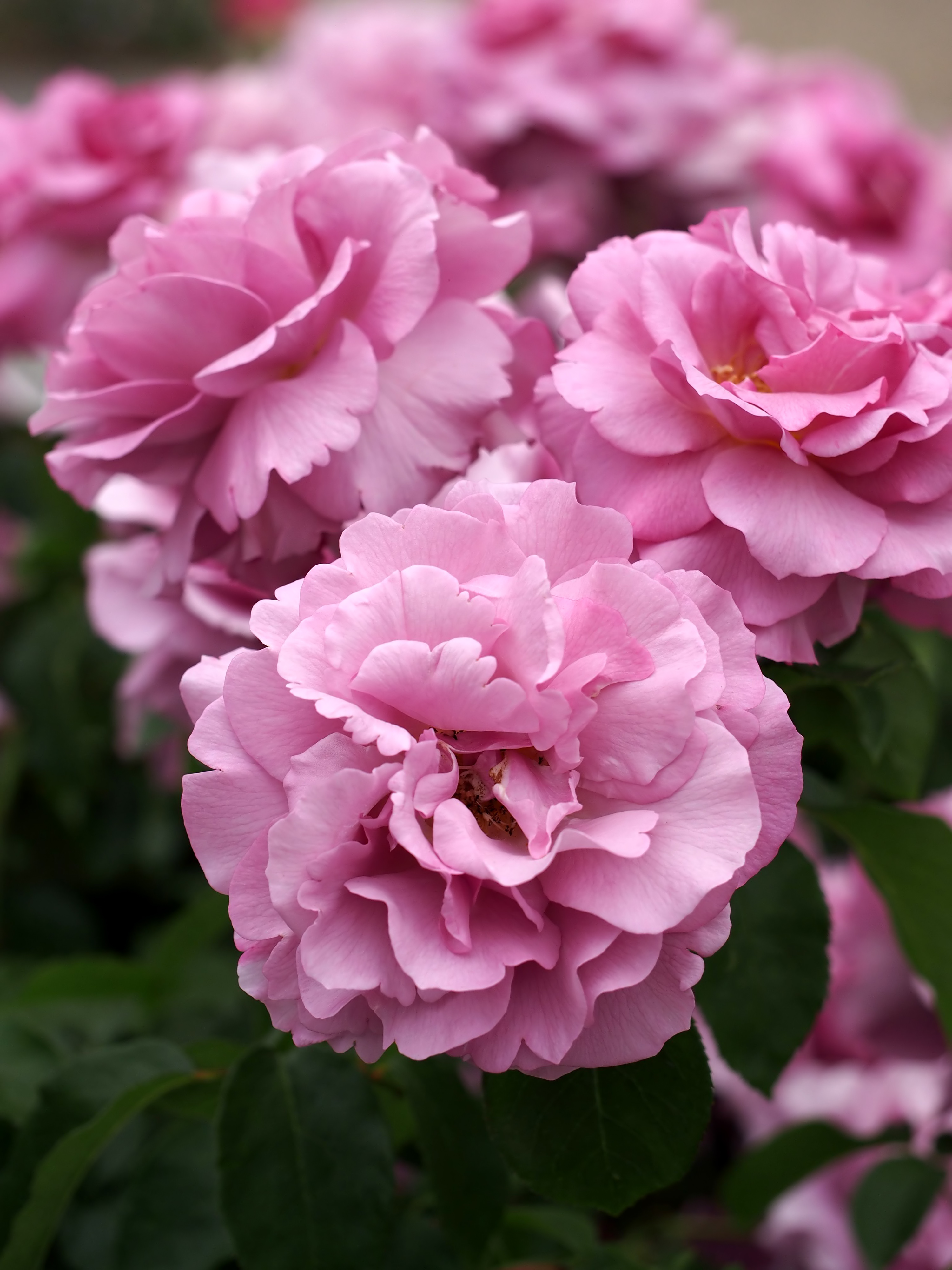
‘Tutu Mauve’, André Delbard-Chabert, 1962
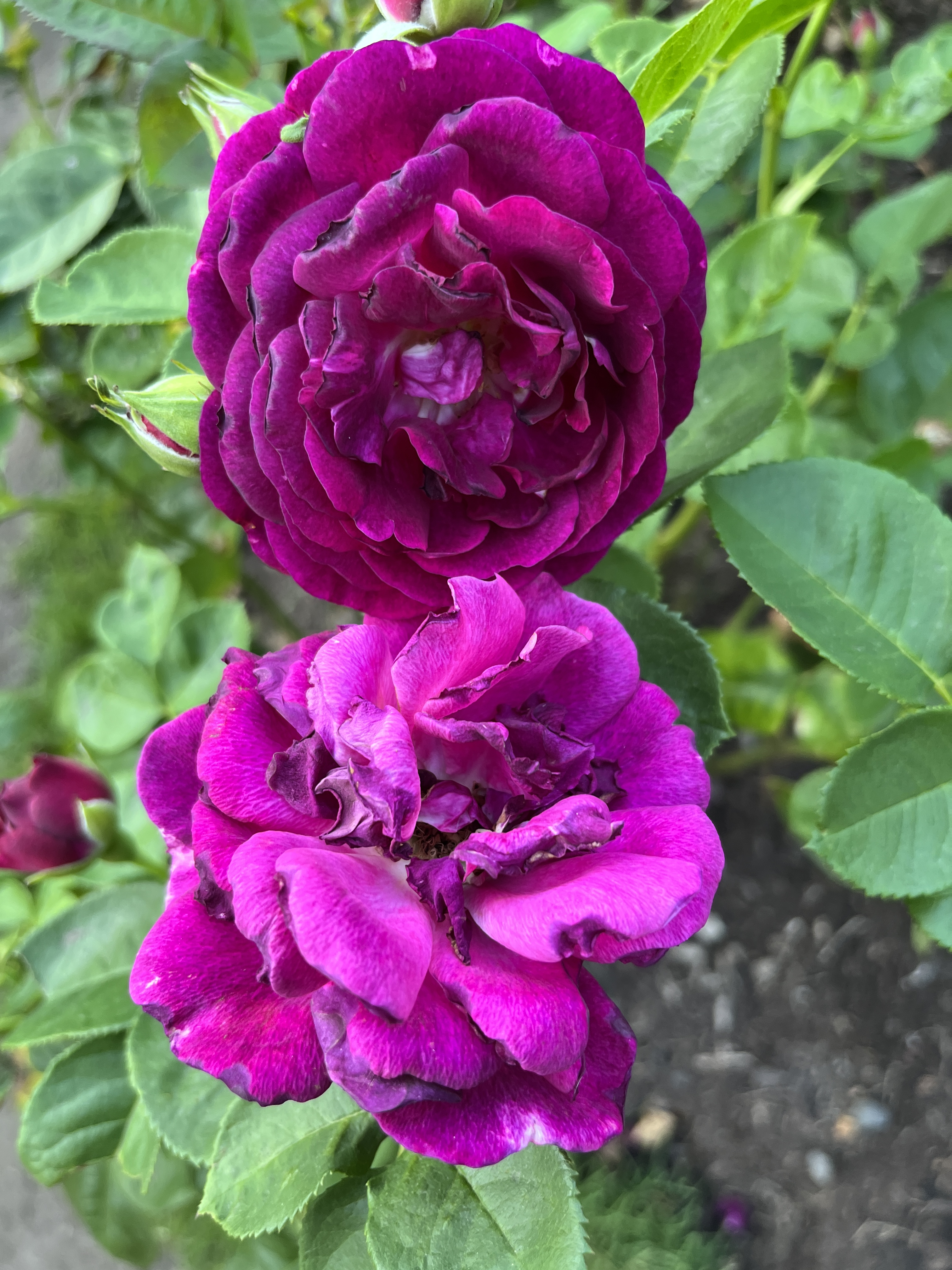
‘Twilight Zone’, Tom Carruth, 2009
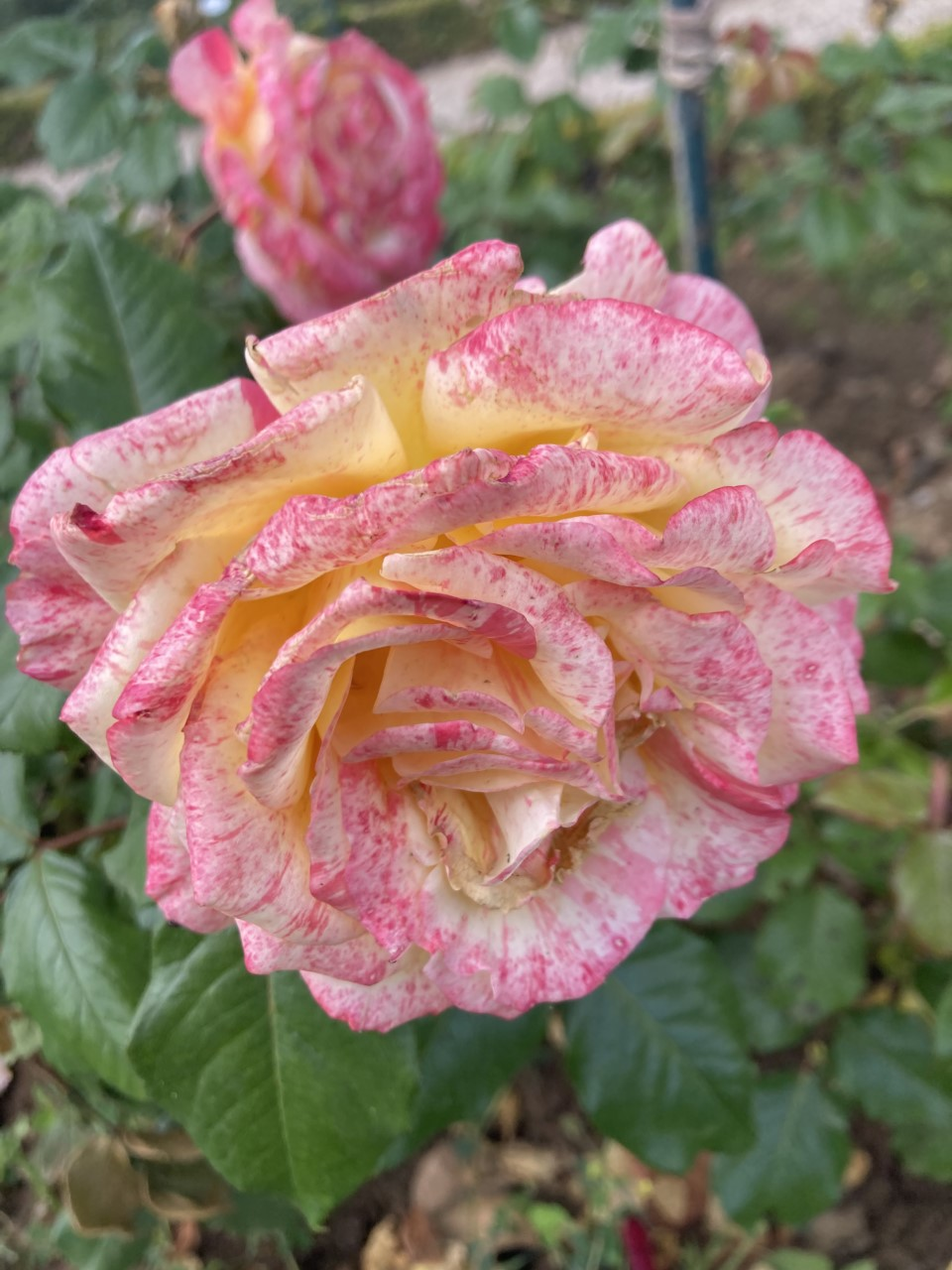
‘Tzigane’, Meilland, 2008

## U

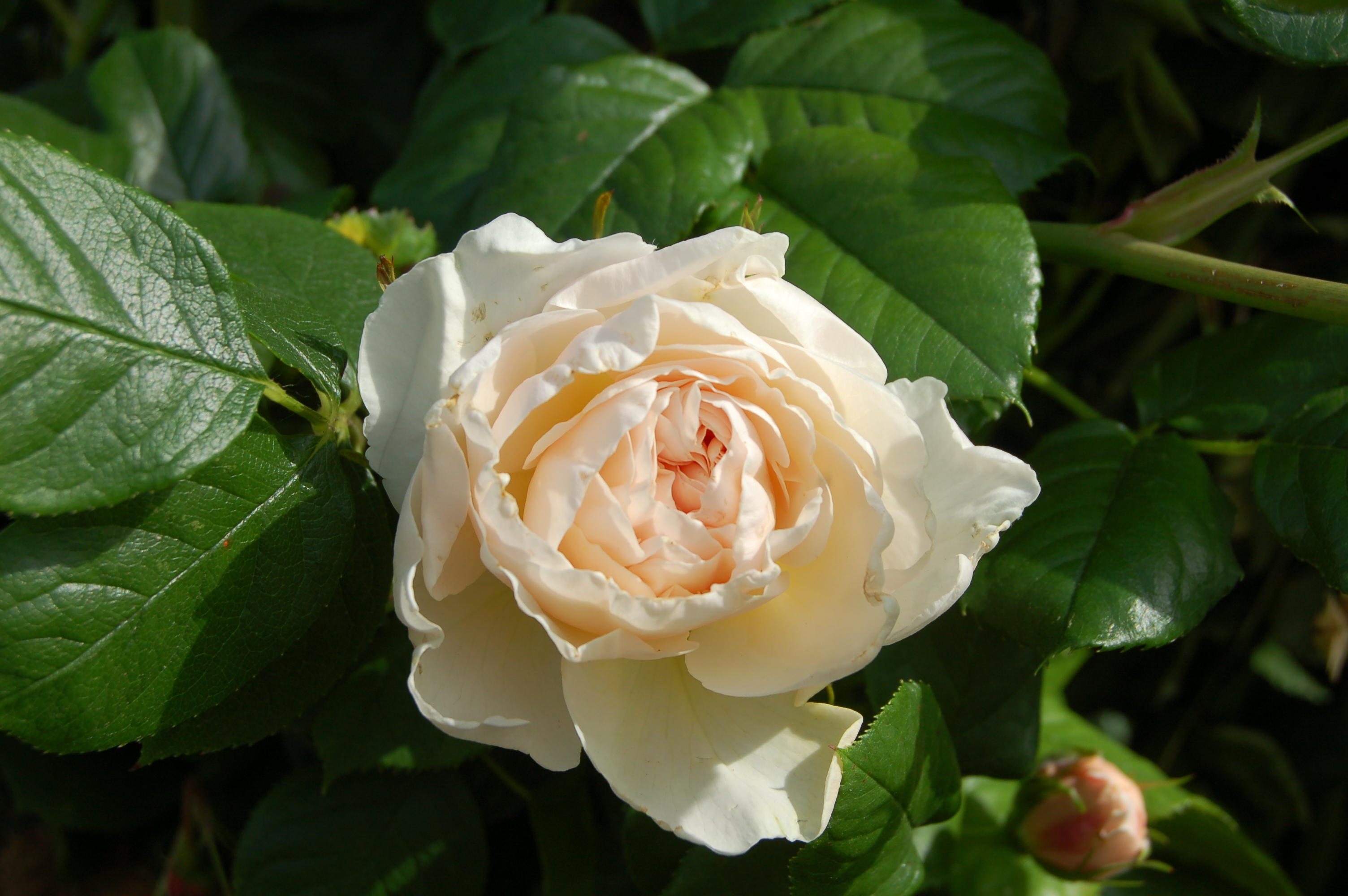
‘Uetersener Klosterrose’, Tantau, 2006
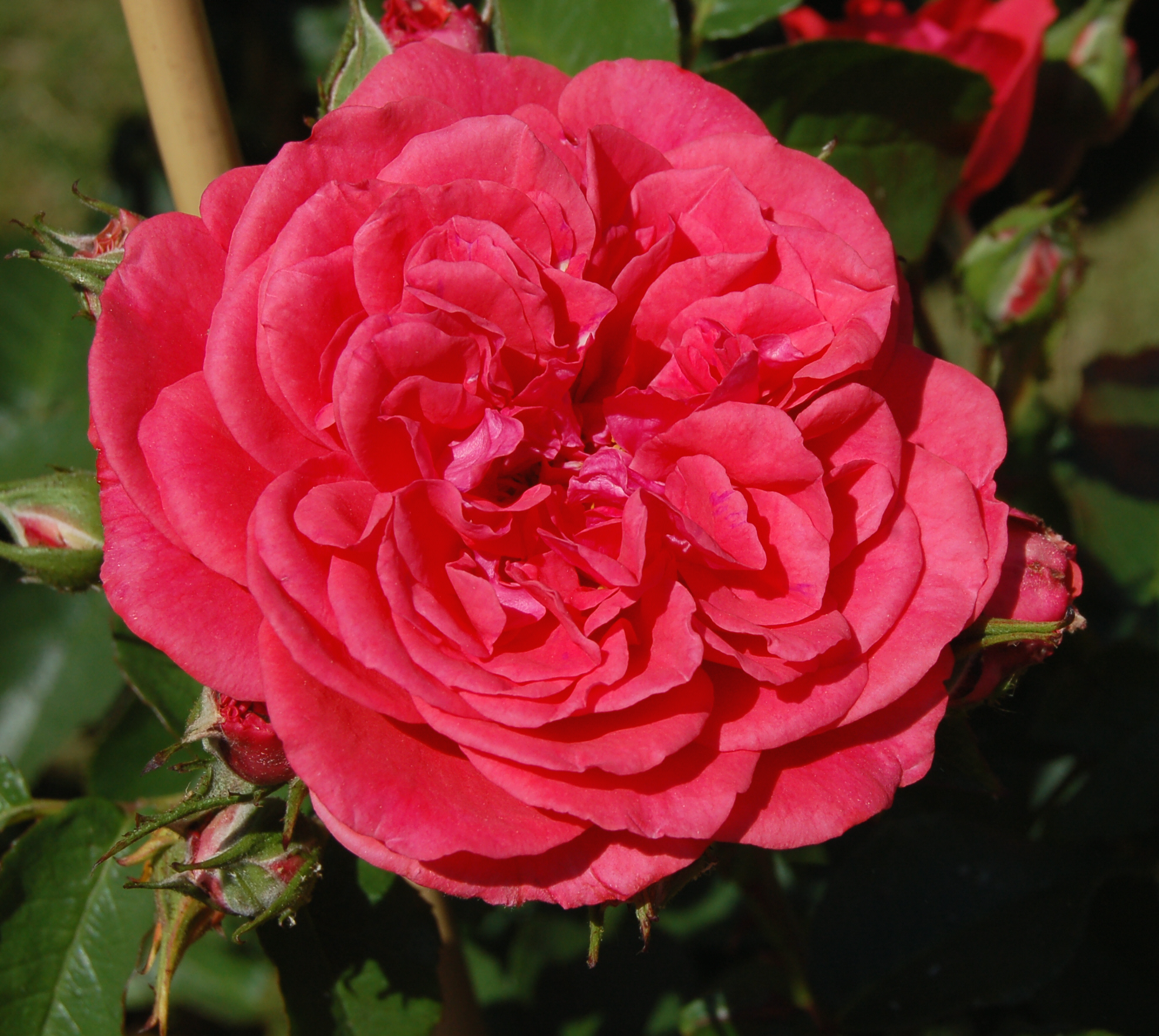
‘Uetersens Rosenkönigin’, Kordes, 2009
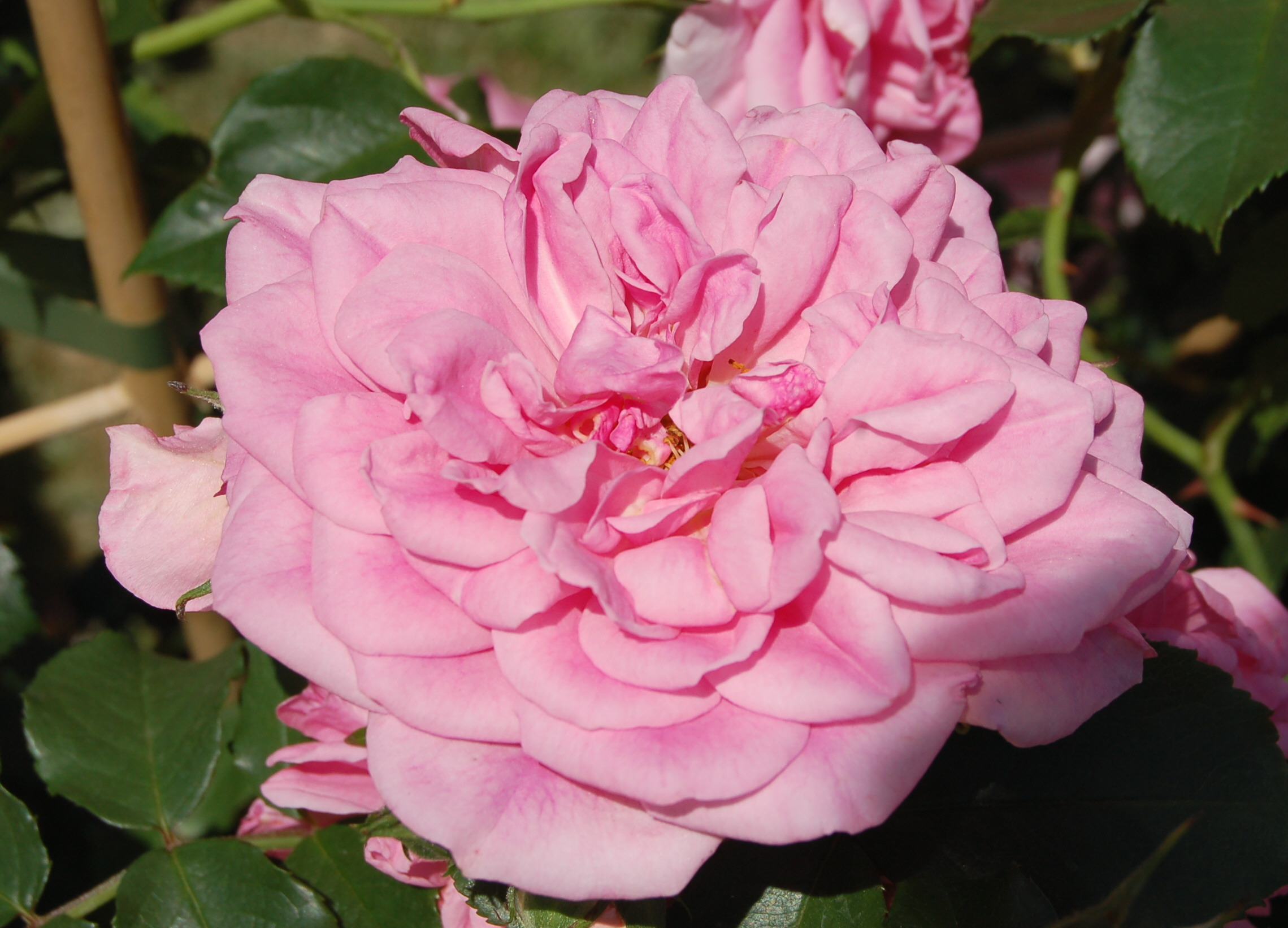
‘Uetersens Rosenprinzessin’, Kordes, 2009
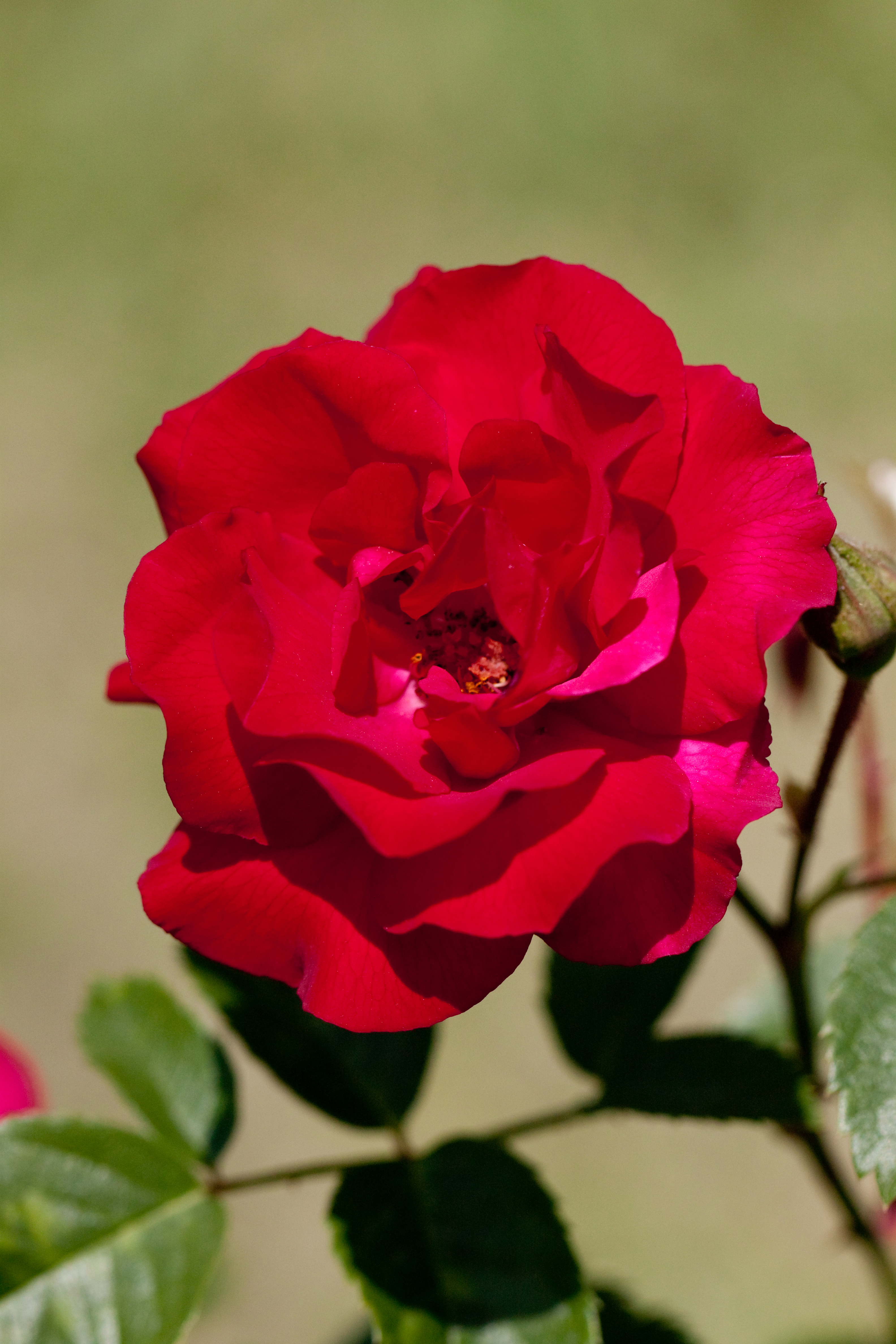
‘Ulmer Münster’, Kordes, 1982
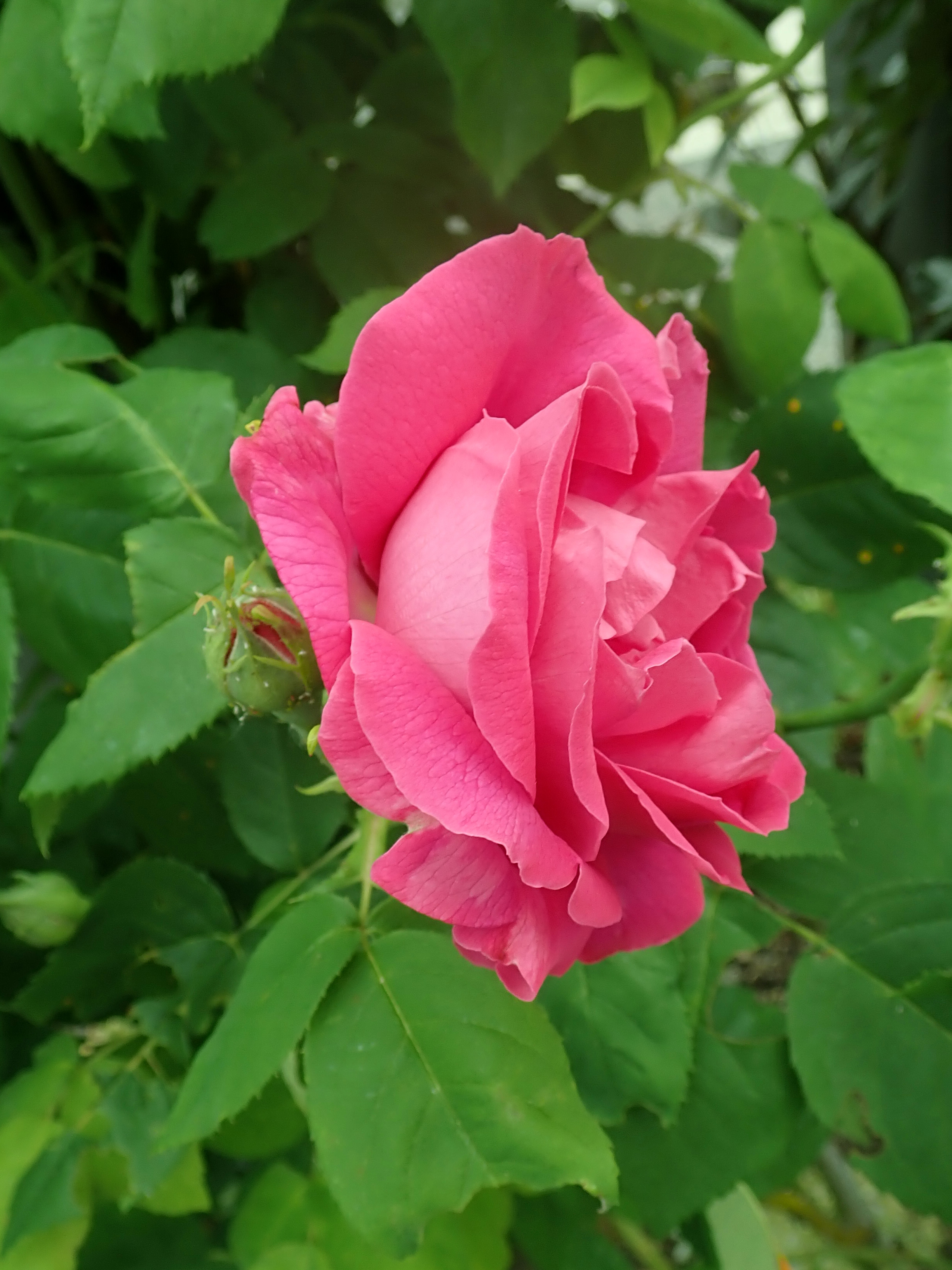
‘Ulrich Brunner Fils’, Antoine Levet, 1881
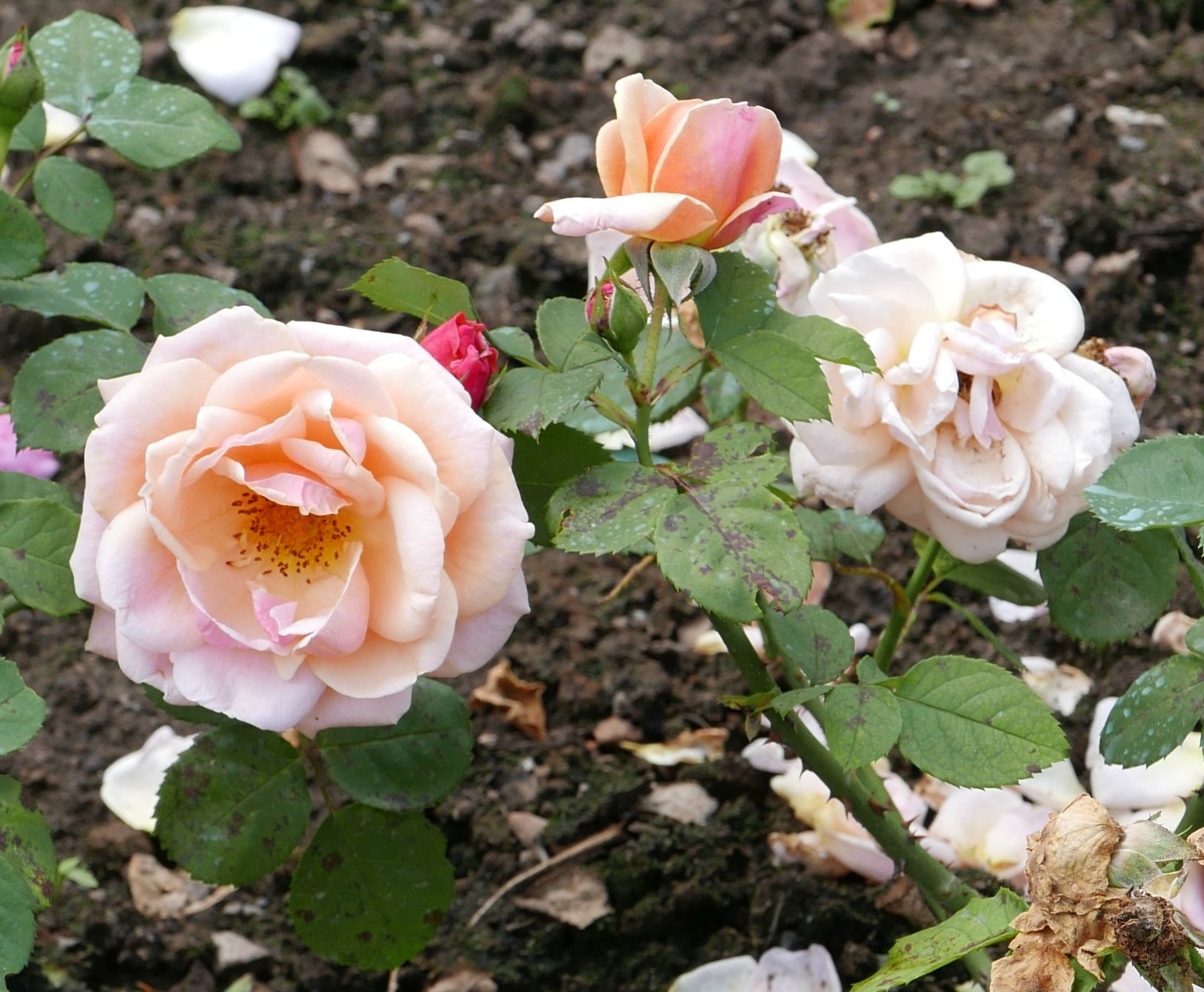
‘Ulrike’, Schmadlak, 1973
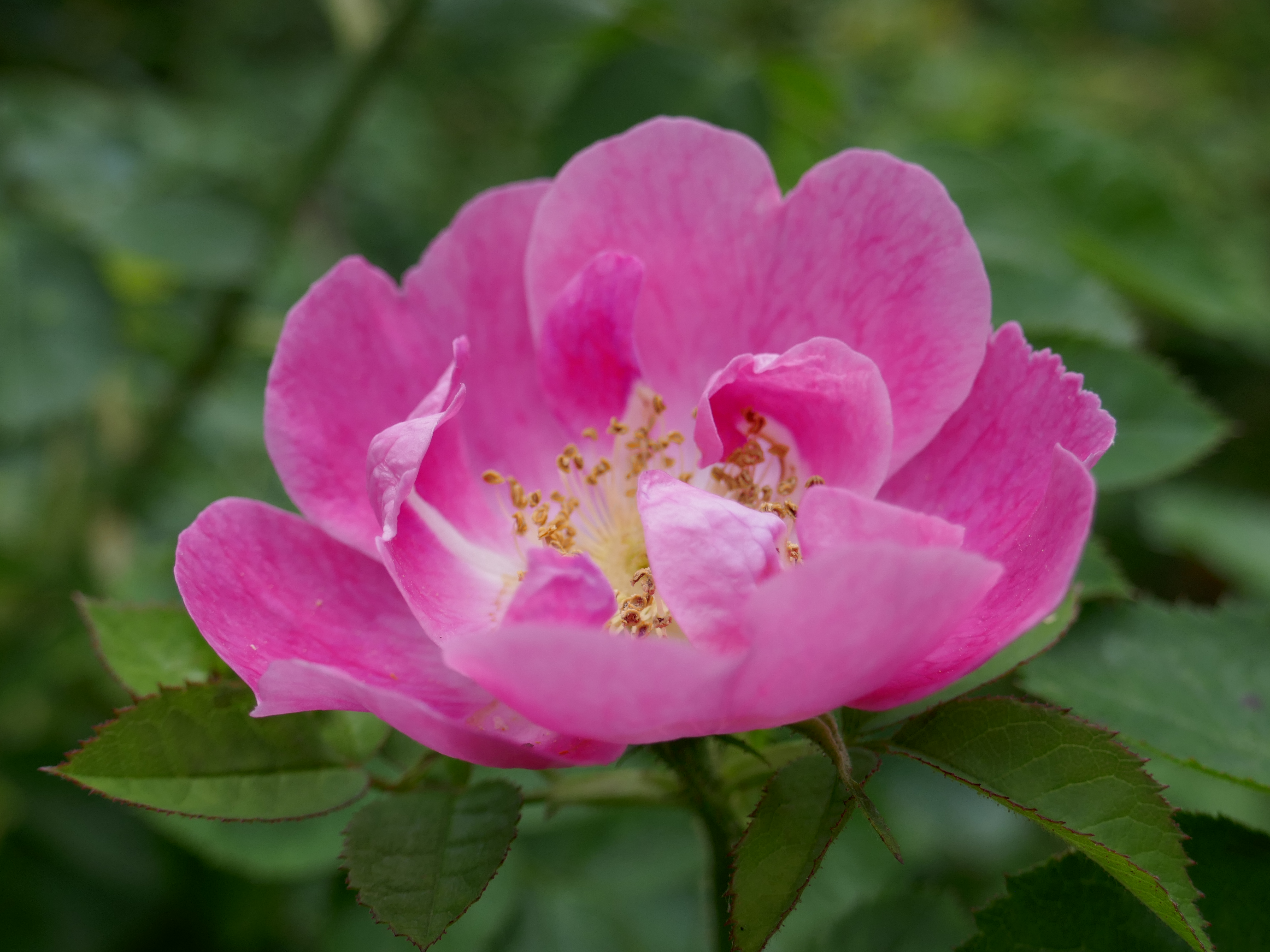
‘Unermüdliche’, Lambert, 1904
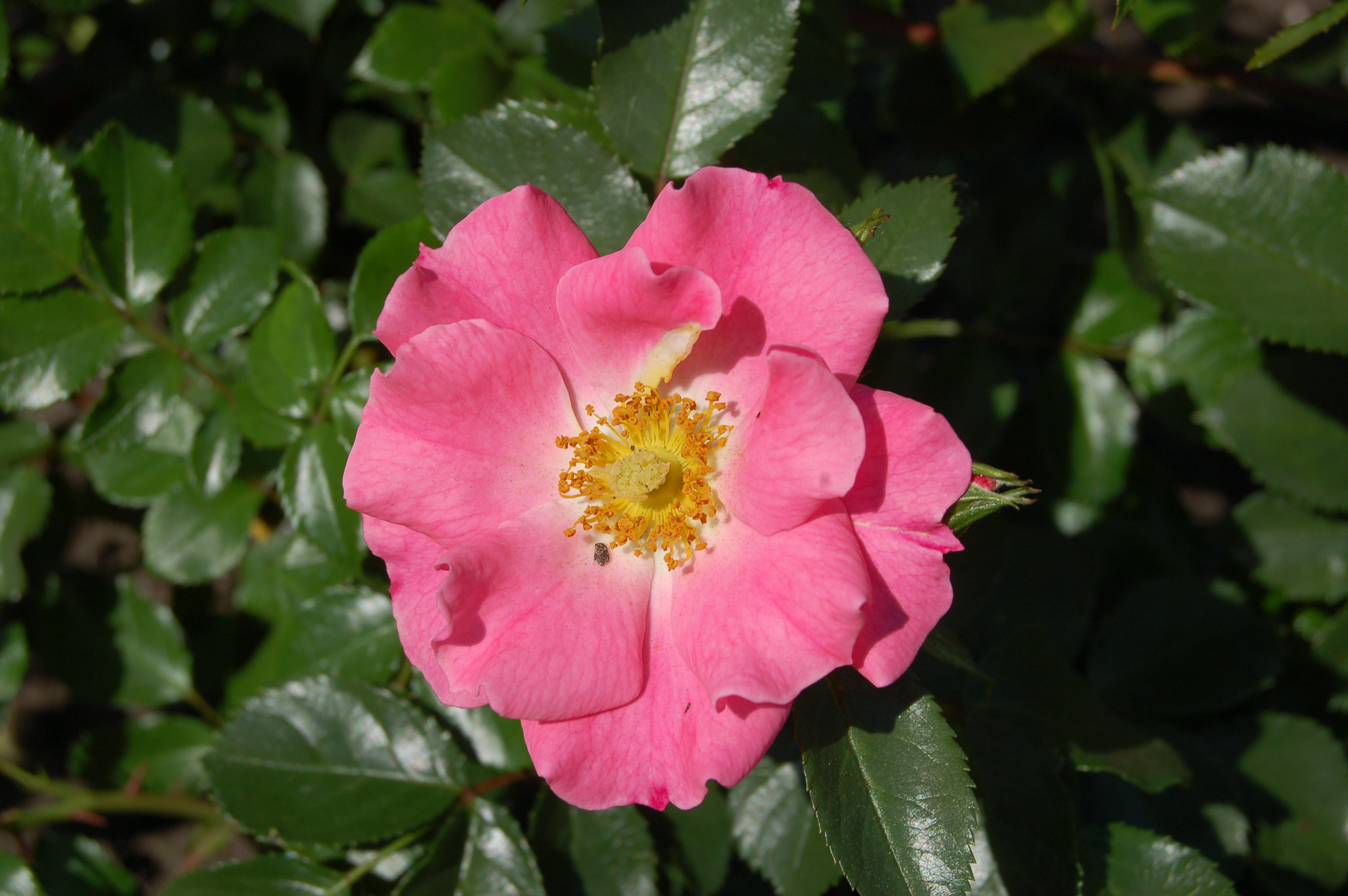
‘UNICEF-Rose’, Kordes, 2005
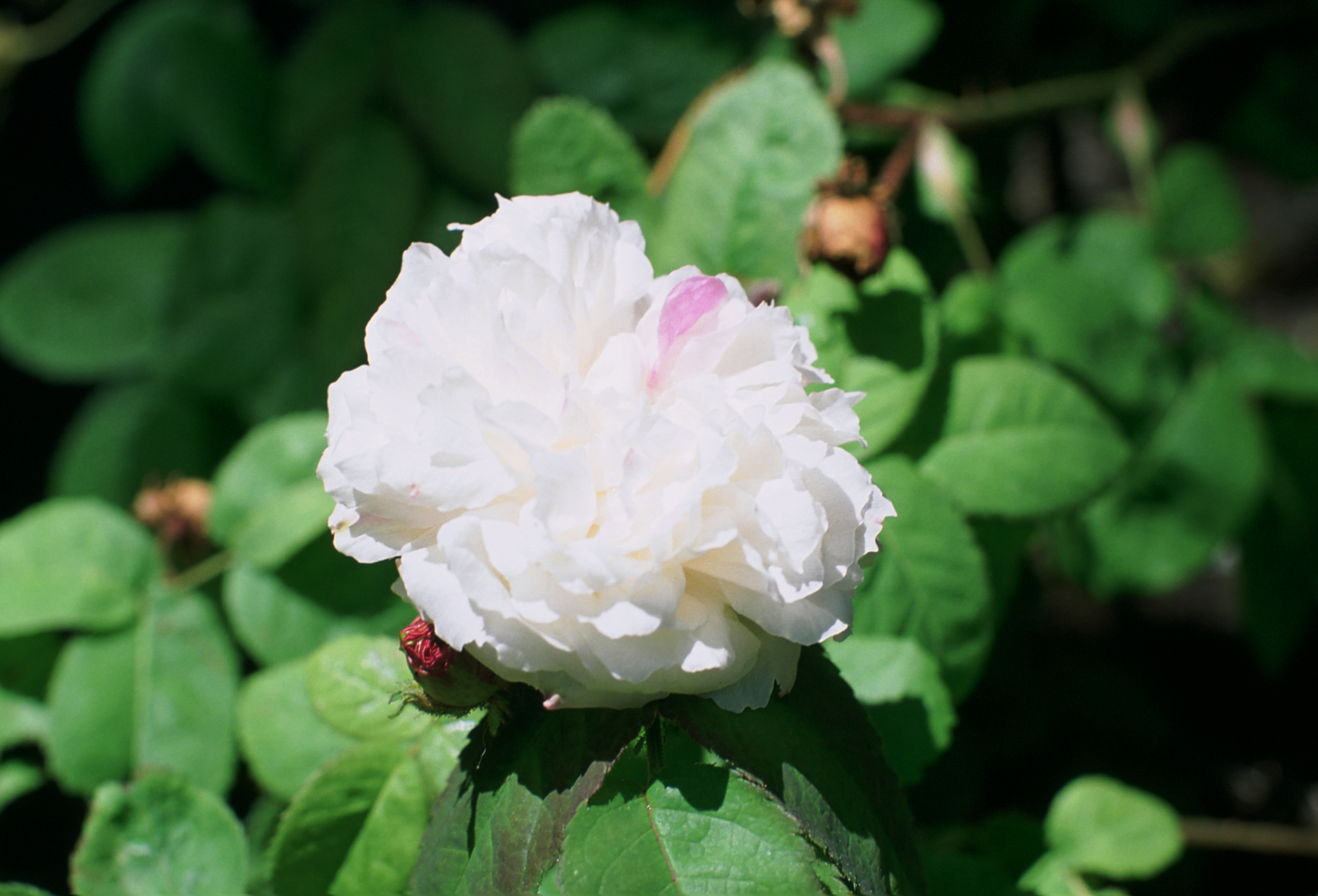
‘Unique Panachée’ (oder ‘Mutabilis variegata’), Madame Chaussée, vor 1821
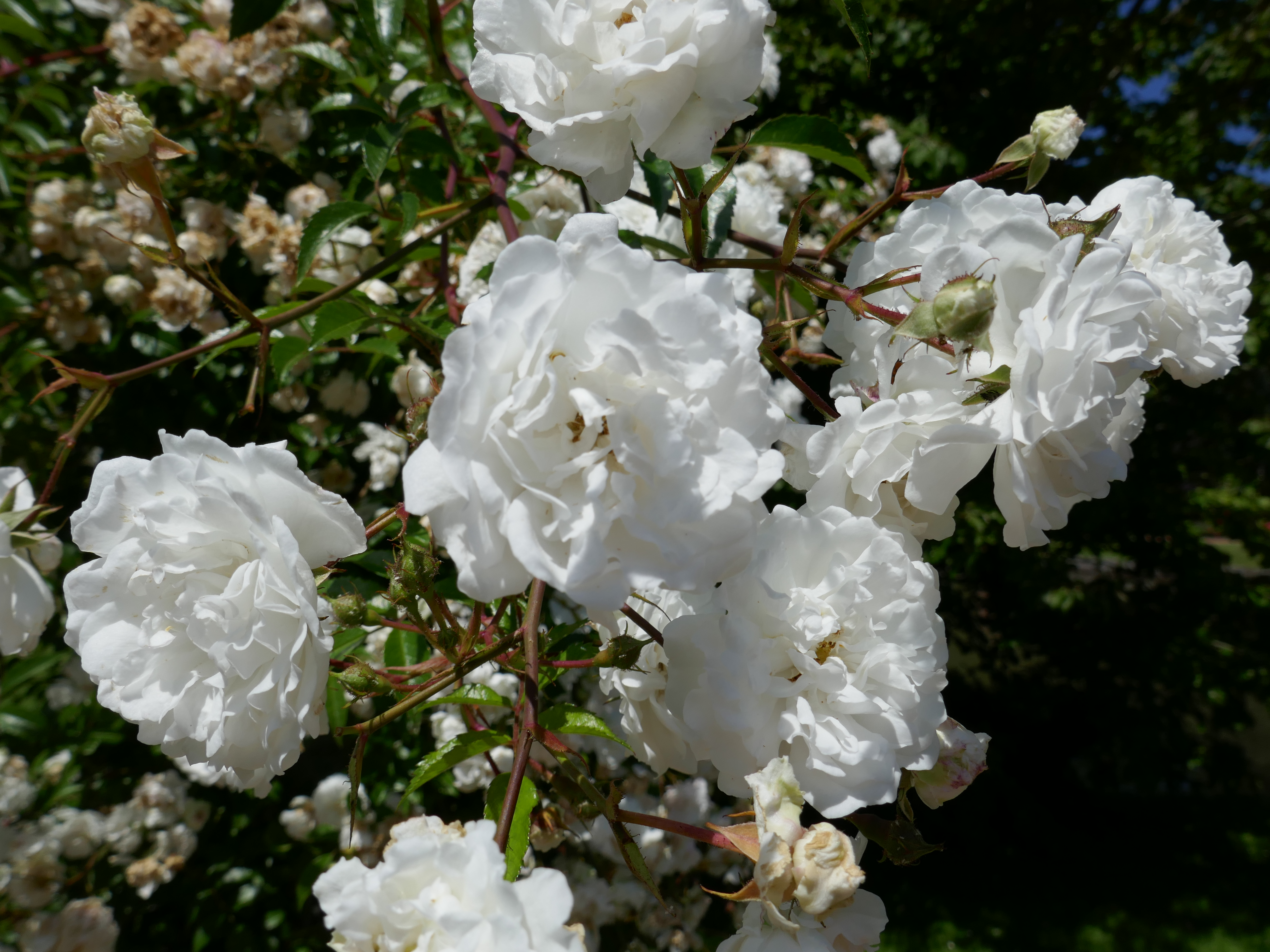
‘Unschuld’, Wänninger, 2007
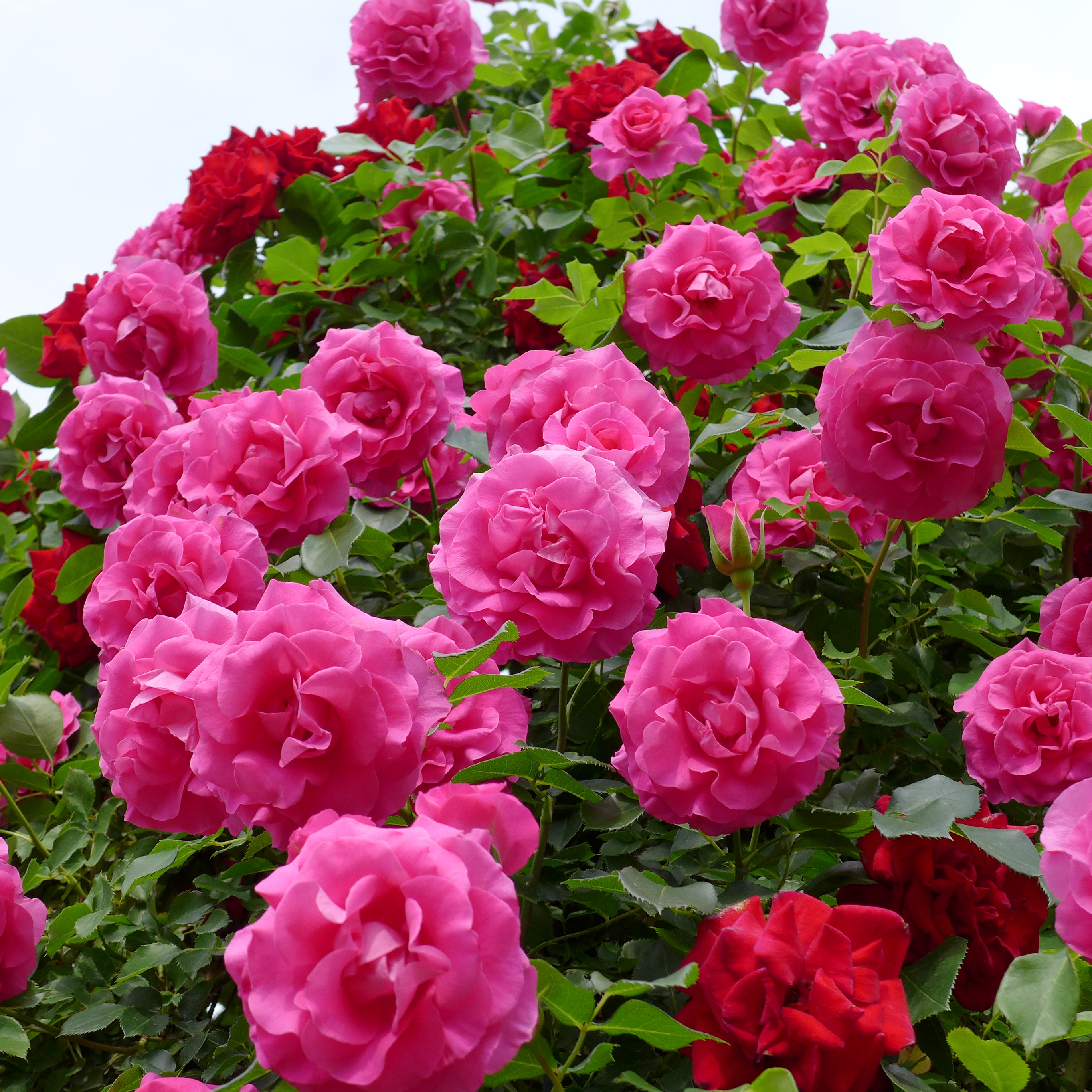
‘Urara Climbing’, Keisei Rose Nursery, vor 2013
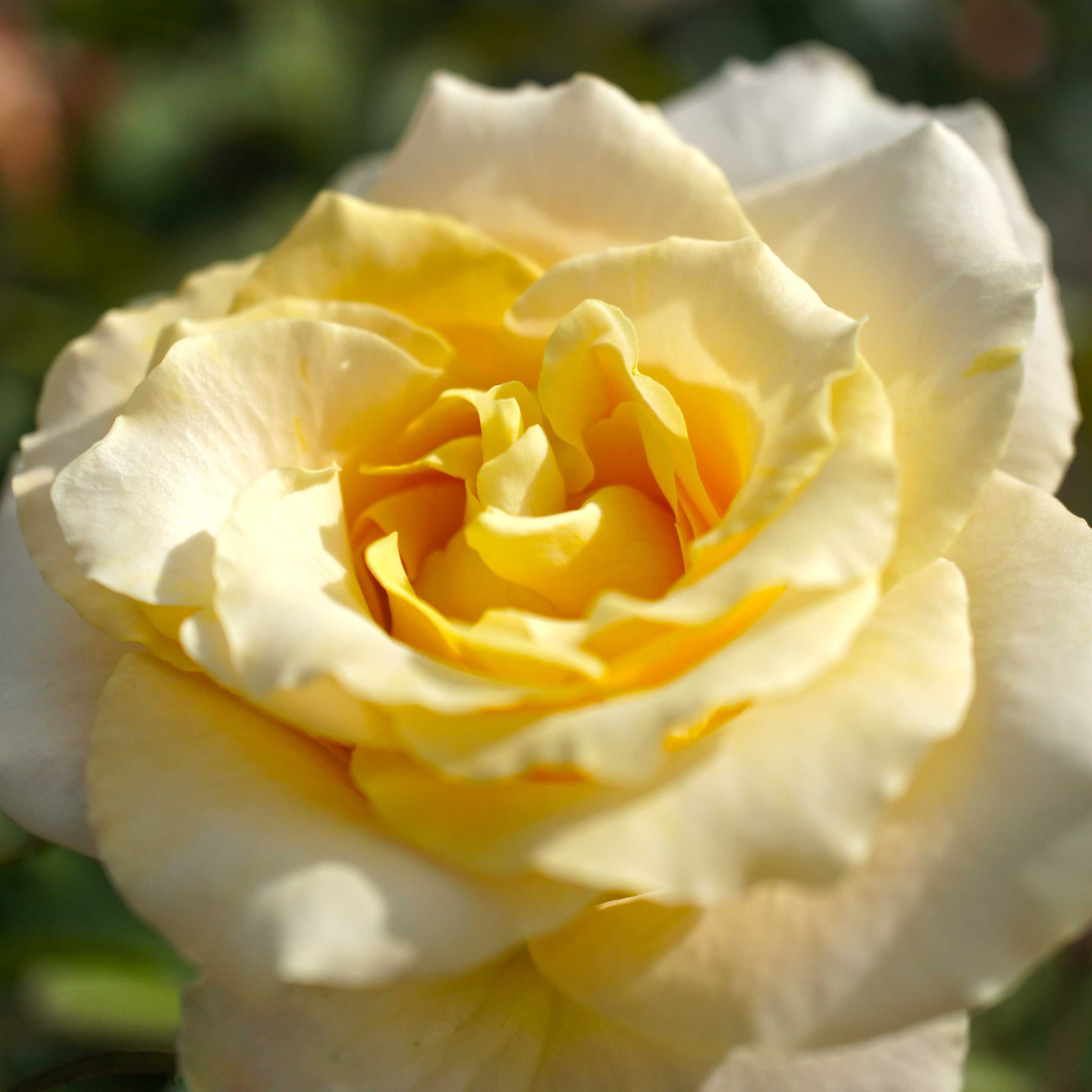
‘Uriel’, Junko Kawamoto, 2008

## V

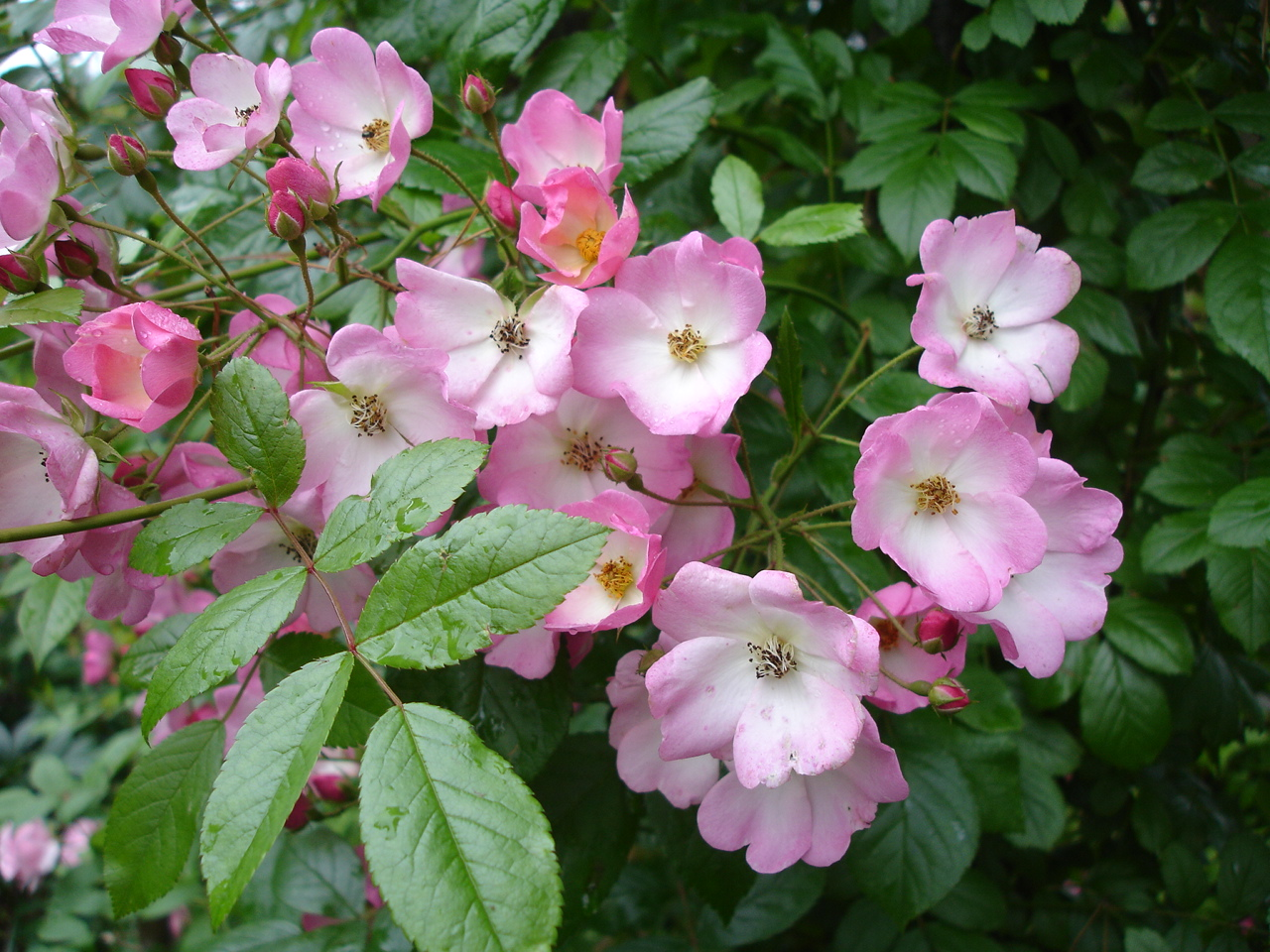
‘Valdemar’, Valdemar Back, vor 1980
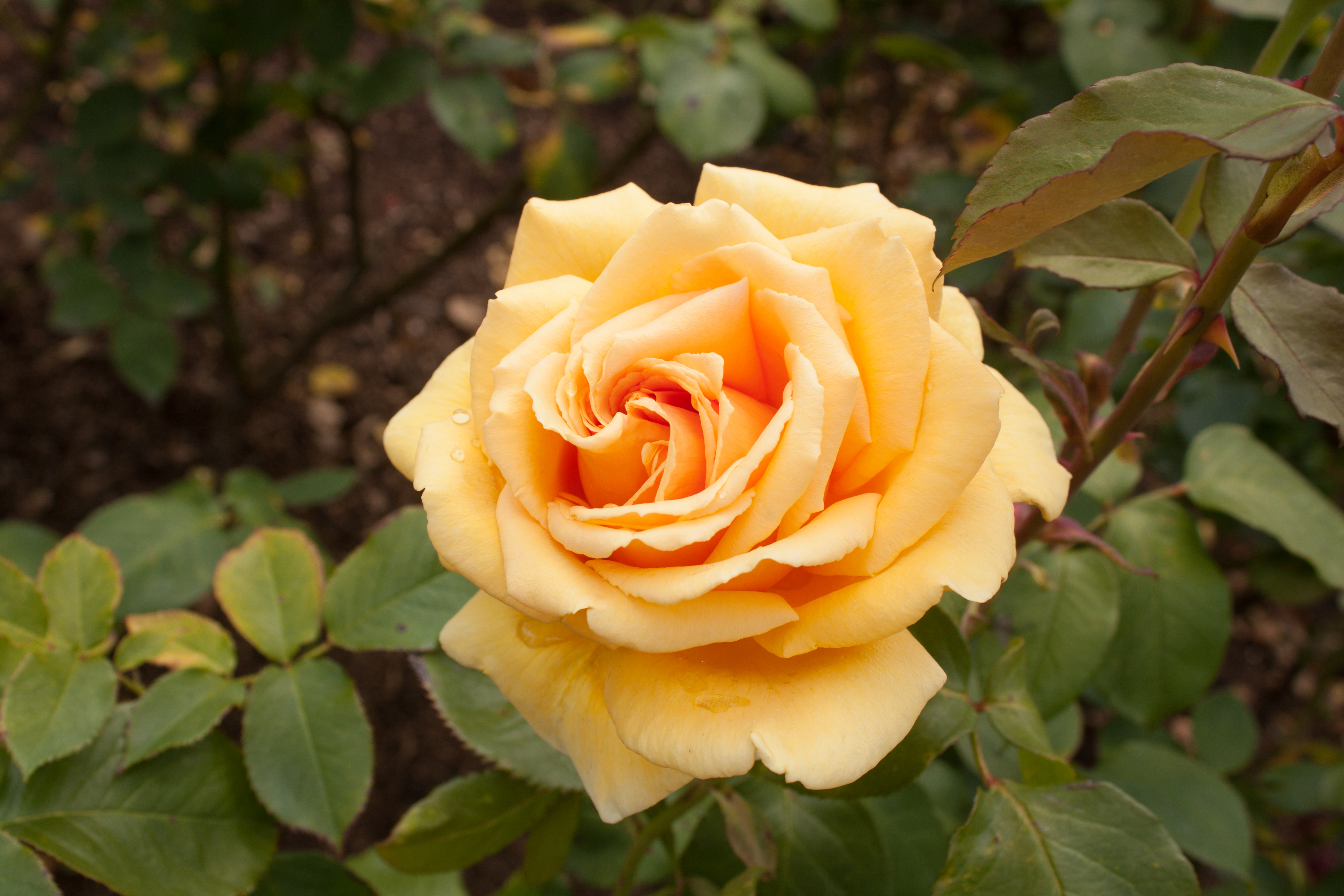
‘Valencia’, Kordes, 1987
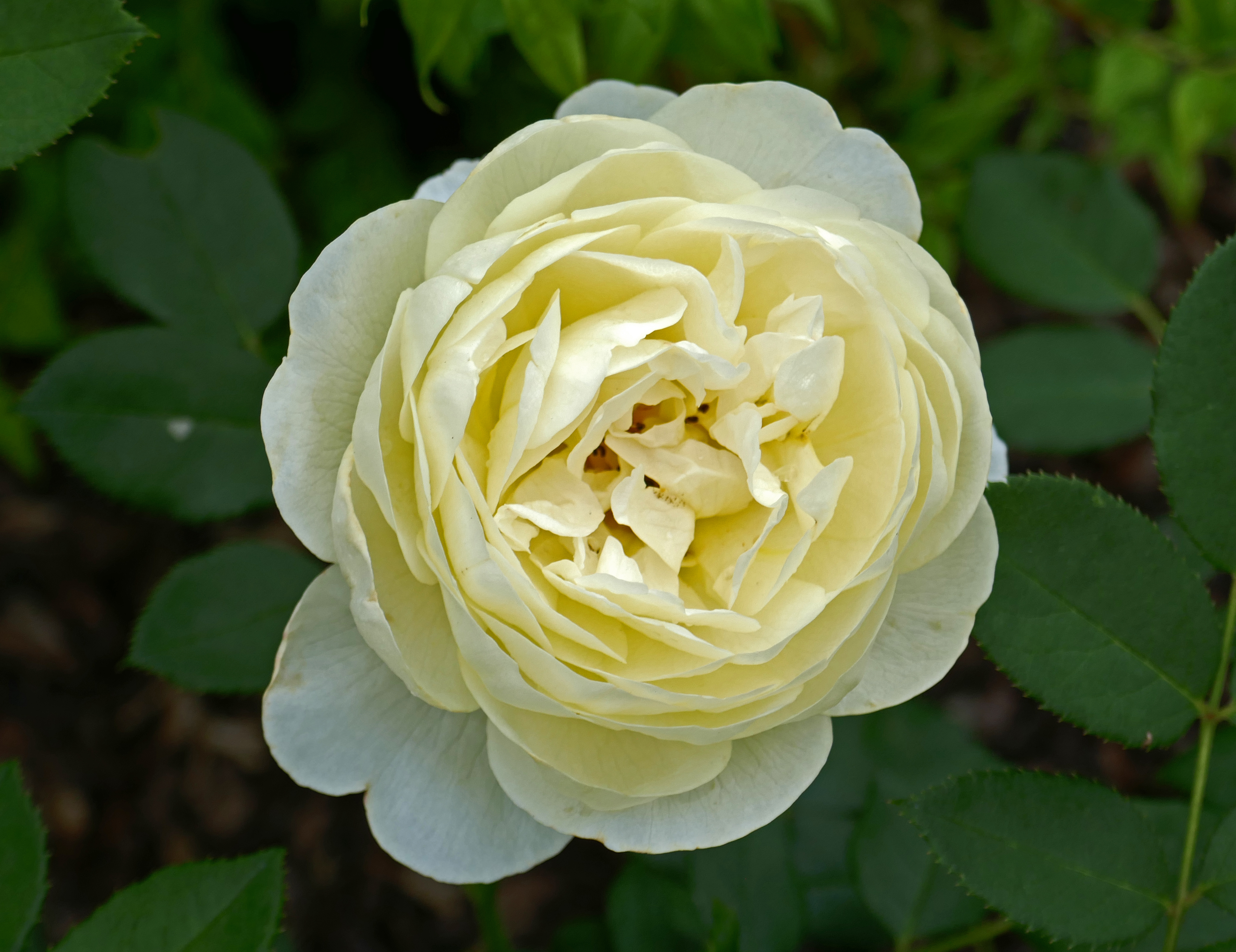
‘Vanessa Bell’, Austin, 2017
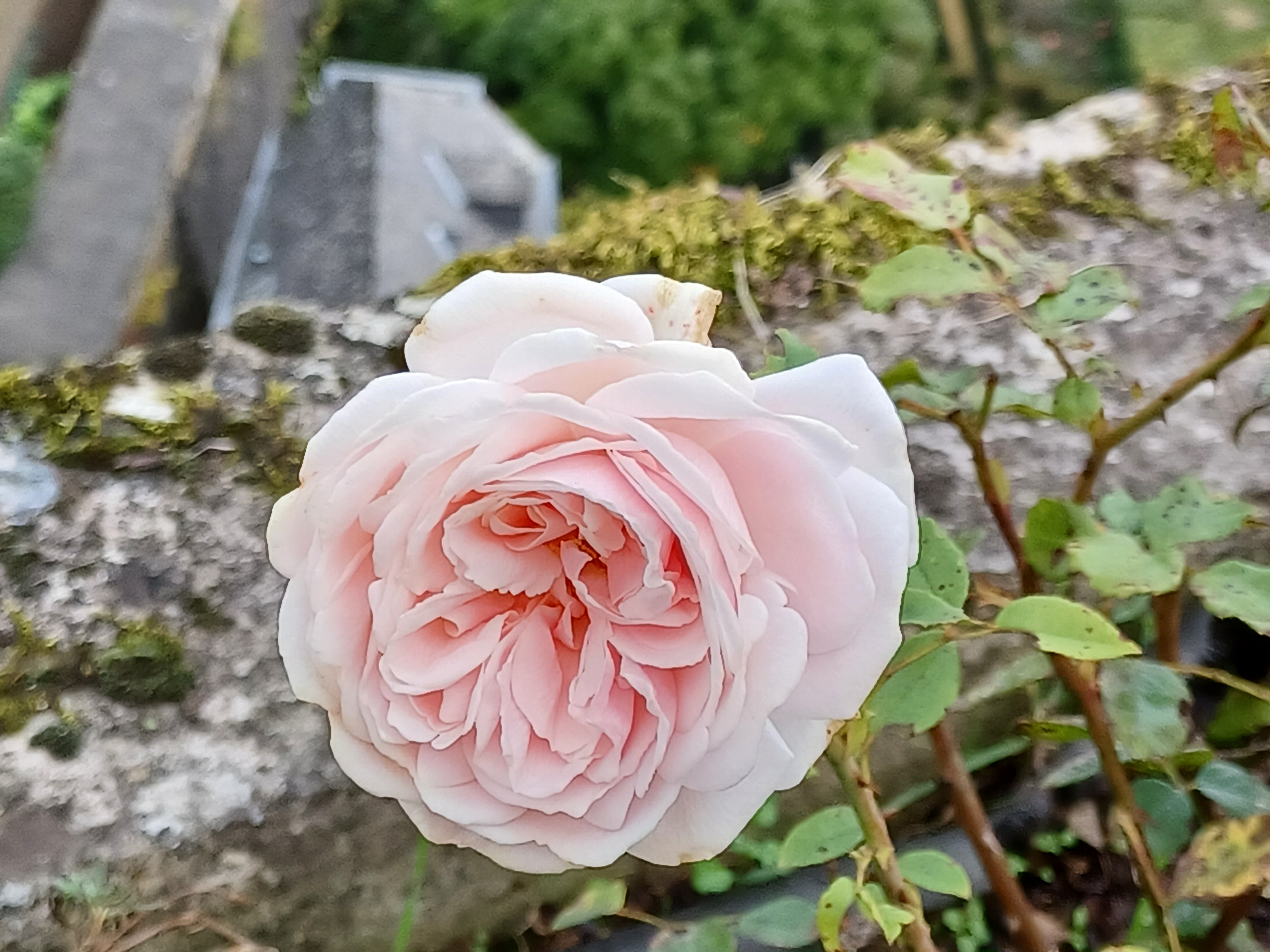
‘Vanilla’, Kordes, 2013
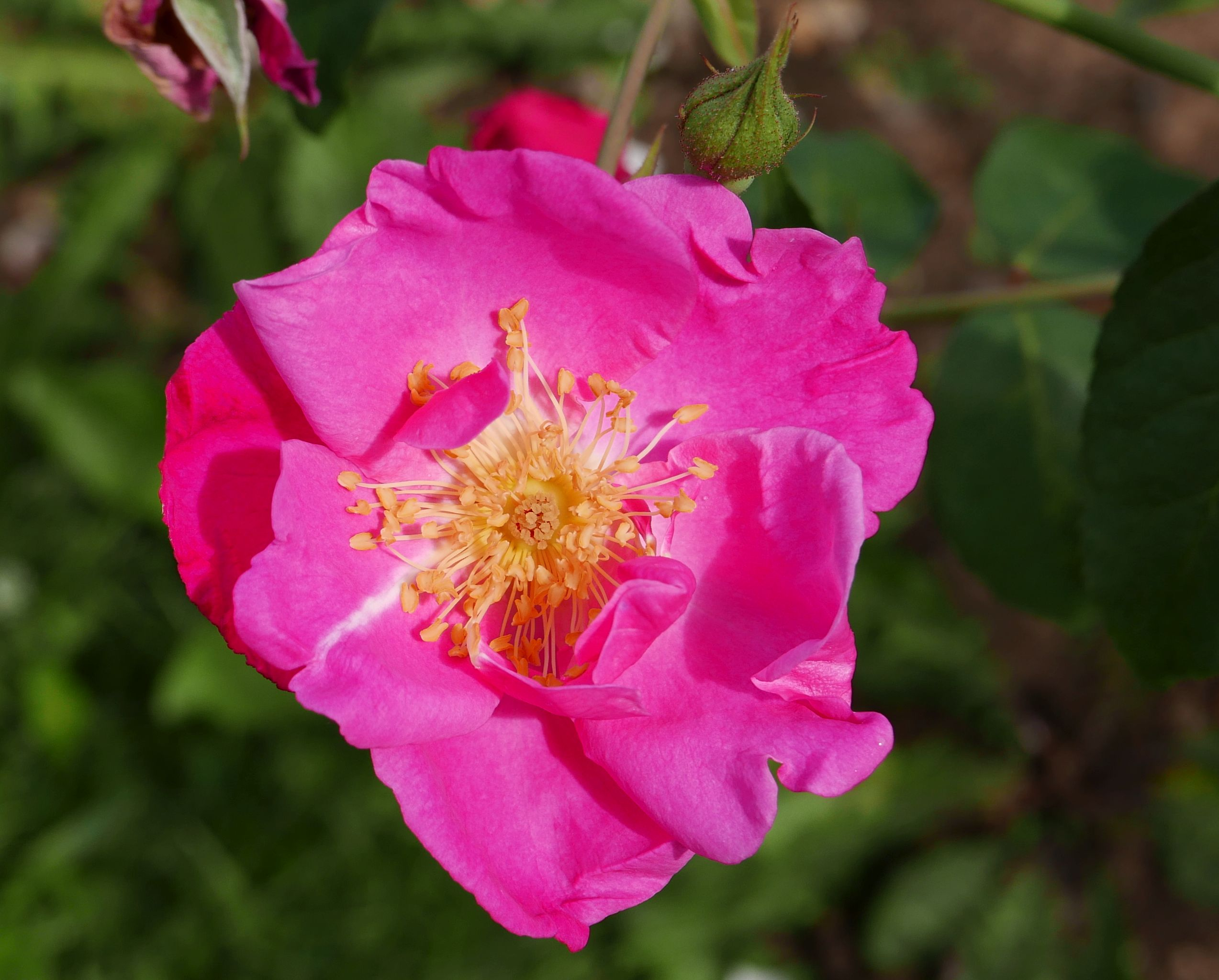
‘Vanity’, Pemberton, 1920
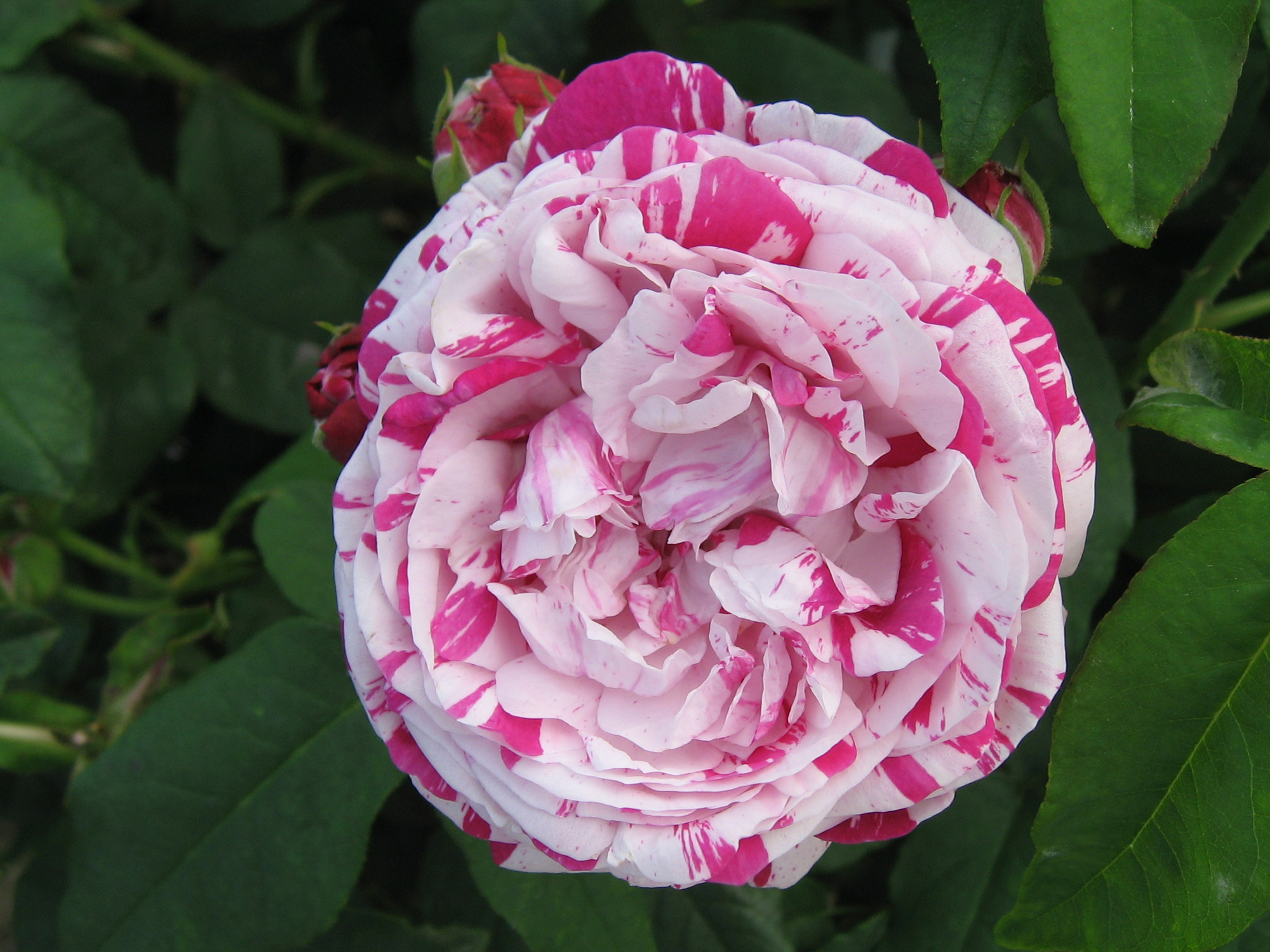
‘Variegata di Bologna’, Lodi / Bonfiglioli, 1909
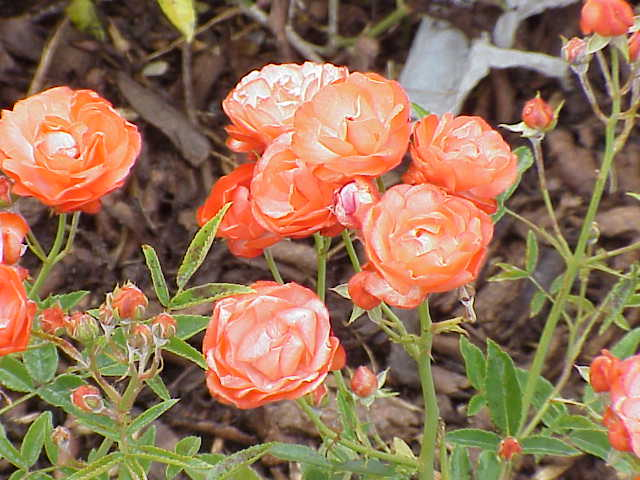
‘Vatertag’, M. Tantau jun., 1959
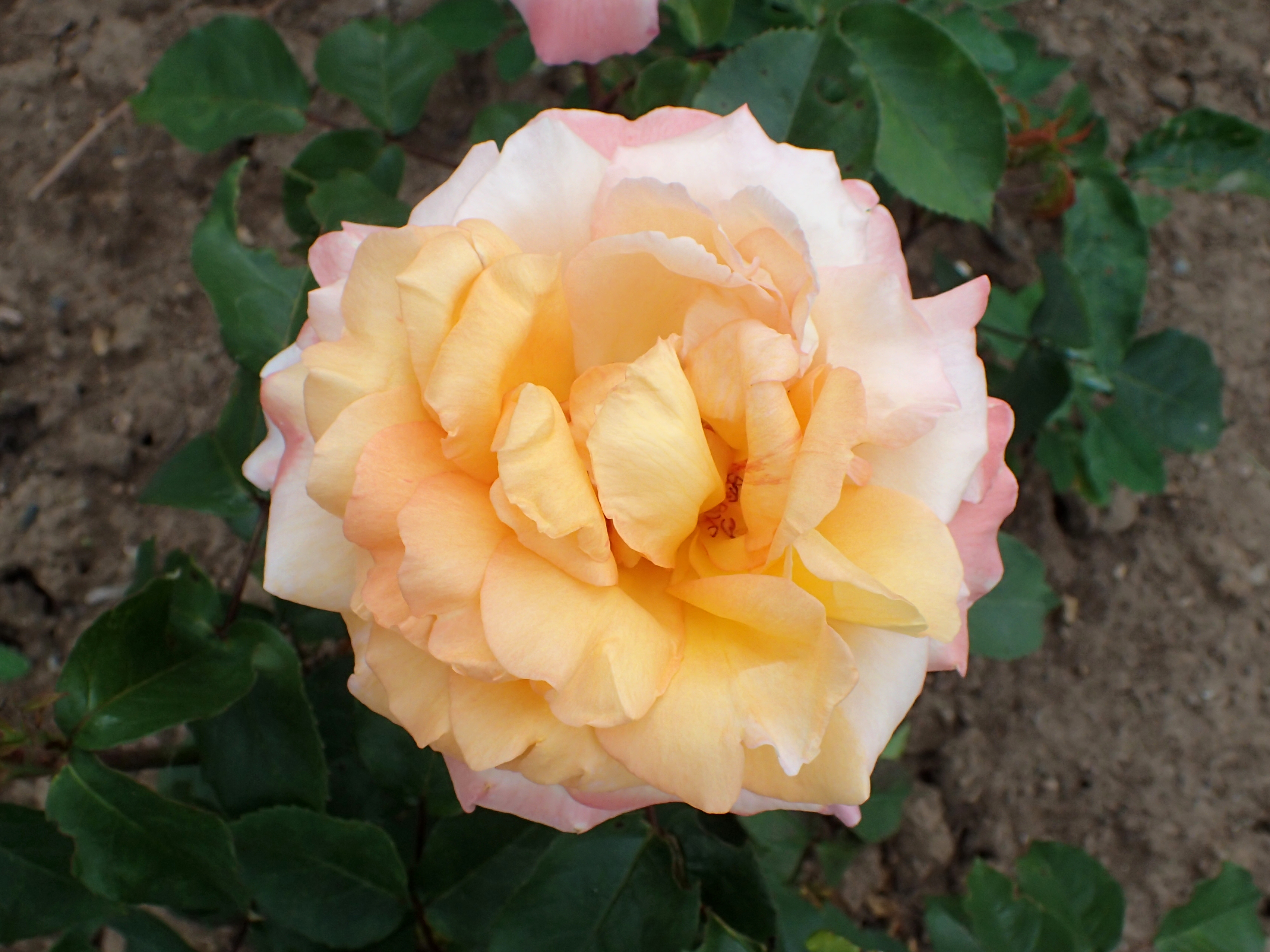
‘Vatican’, André Delbard-Chabert, vor 1967
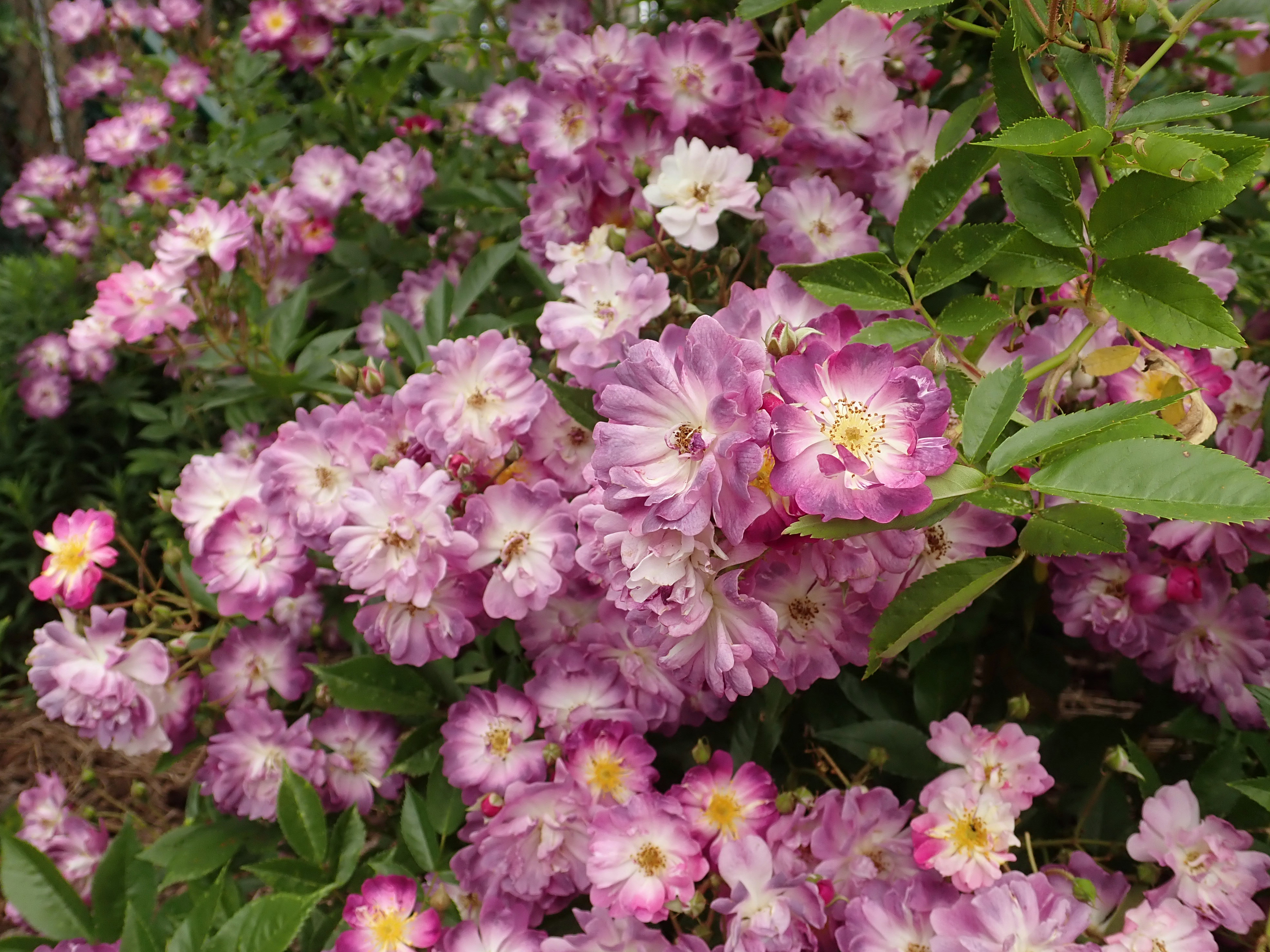
‘Veilchenblau’, J. C. Schmidt, 1909
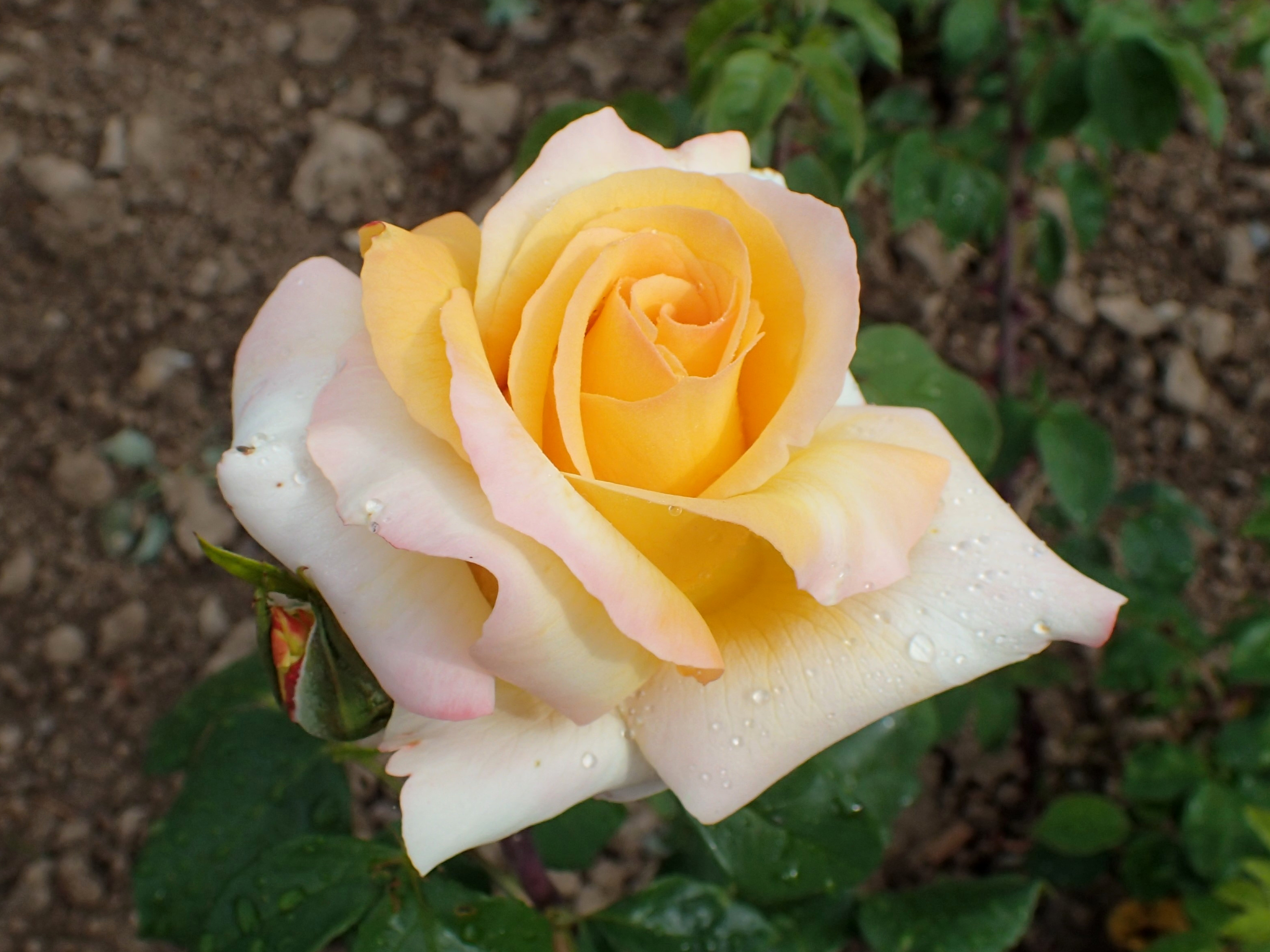
‘Velizy’, Delbard, 1973
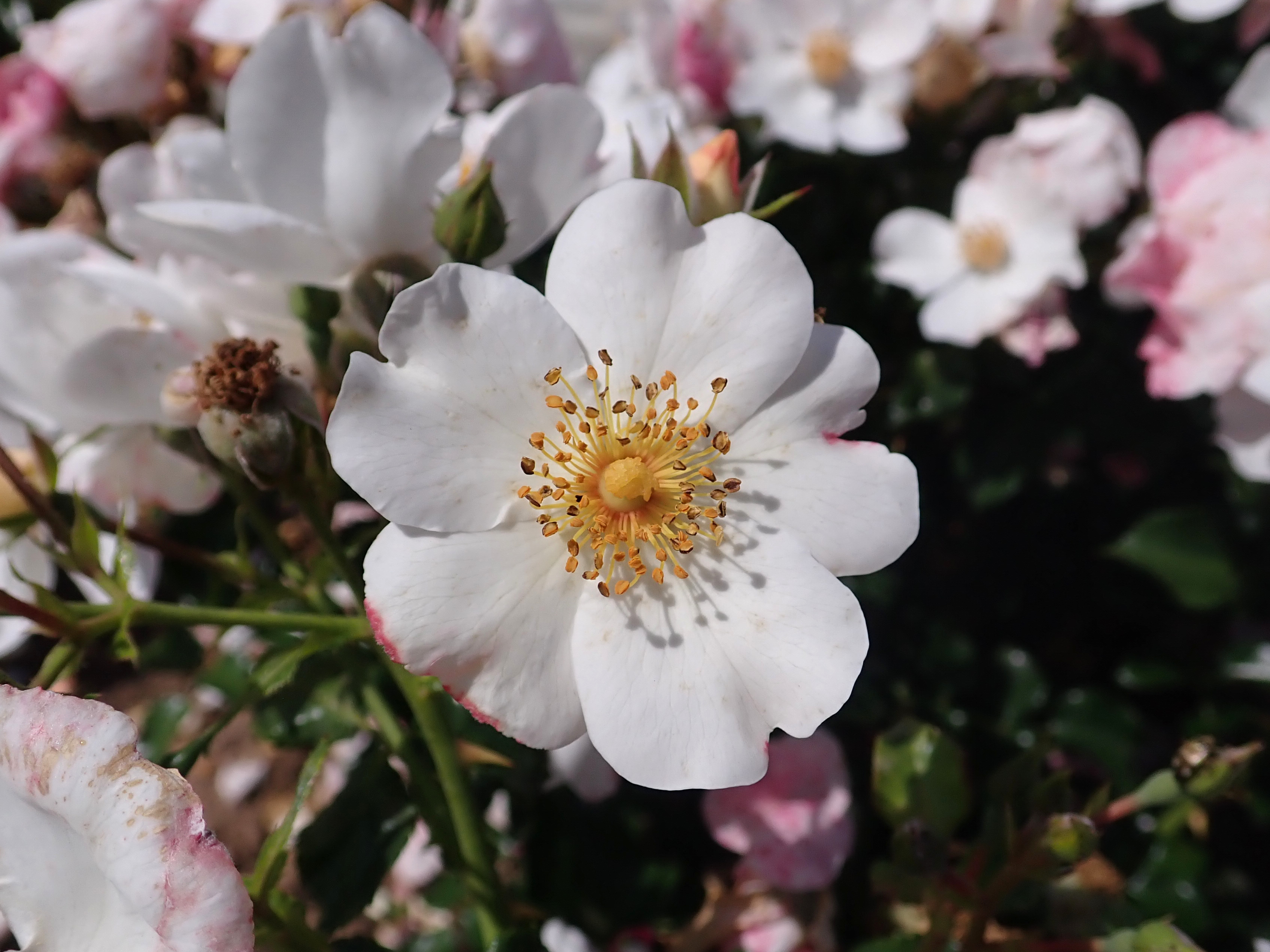
‘Venice’, Noack, 2003
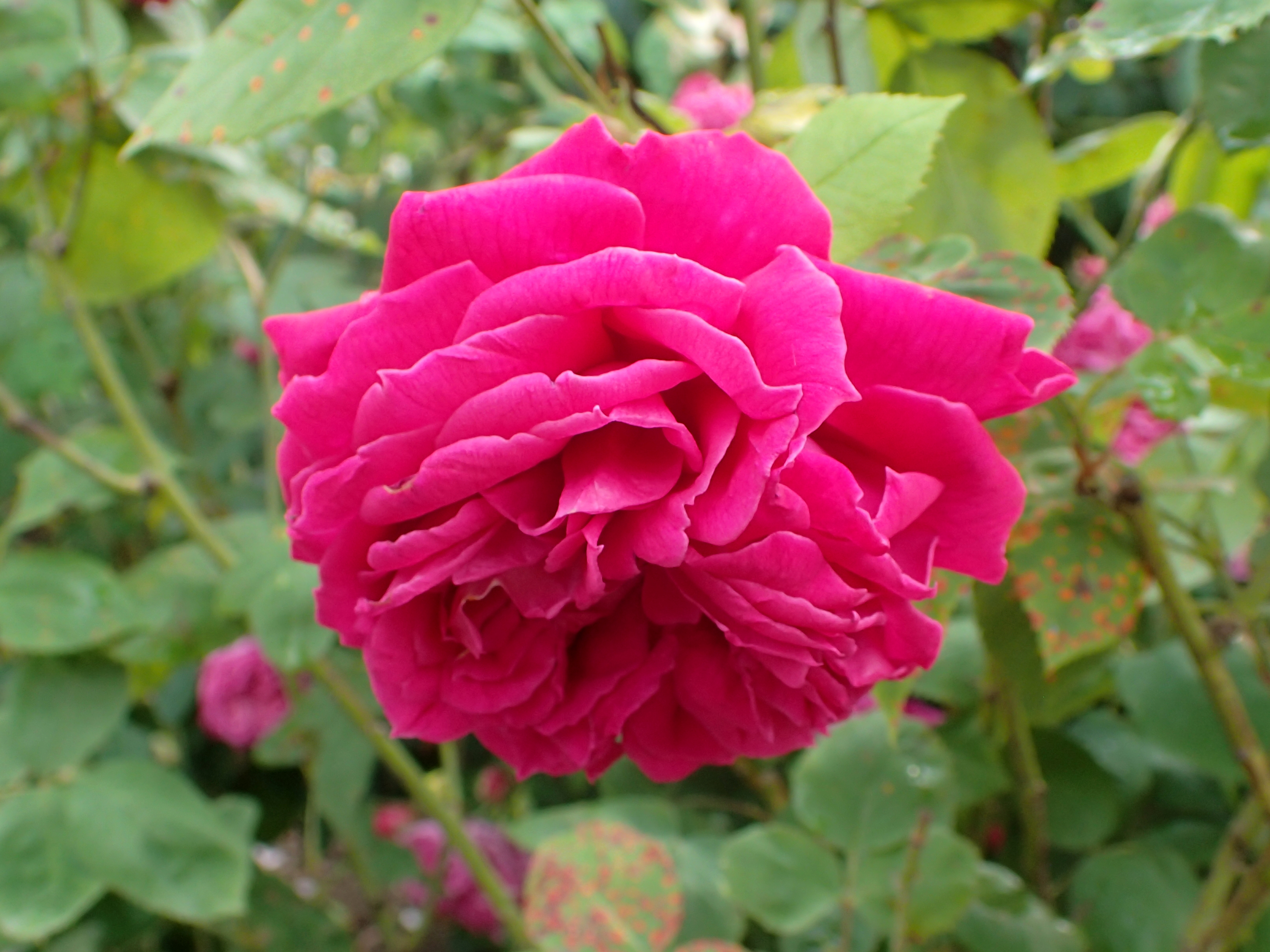
‘Venus (1895)’, Kiese/Schmidt, 1895
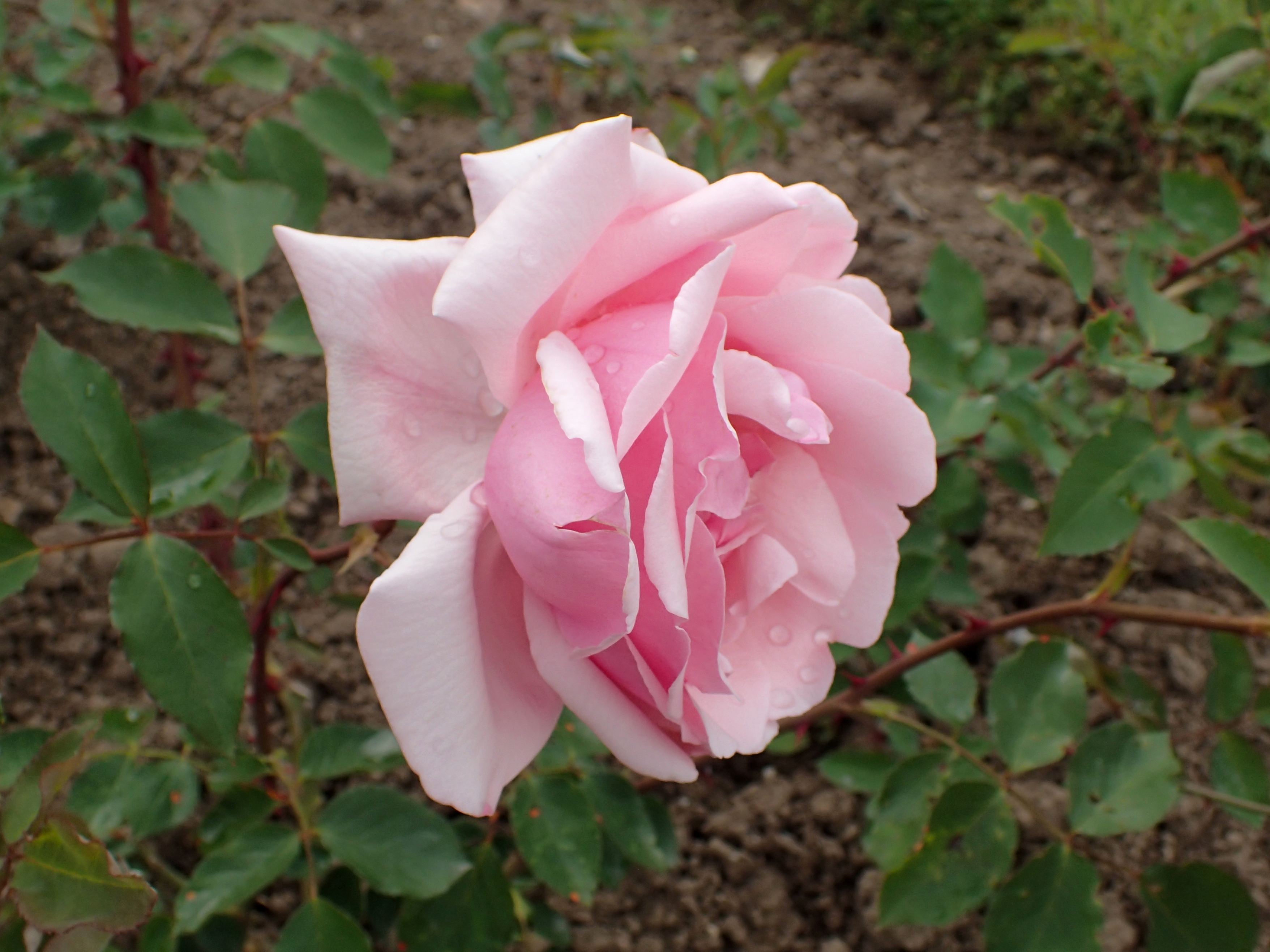
‘Venus (1921)’, Bees Ltd, 1921
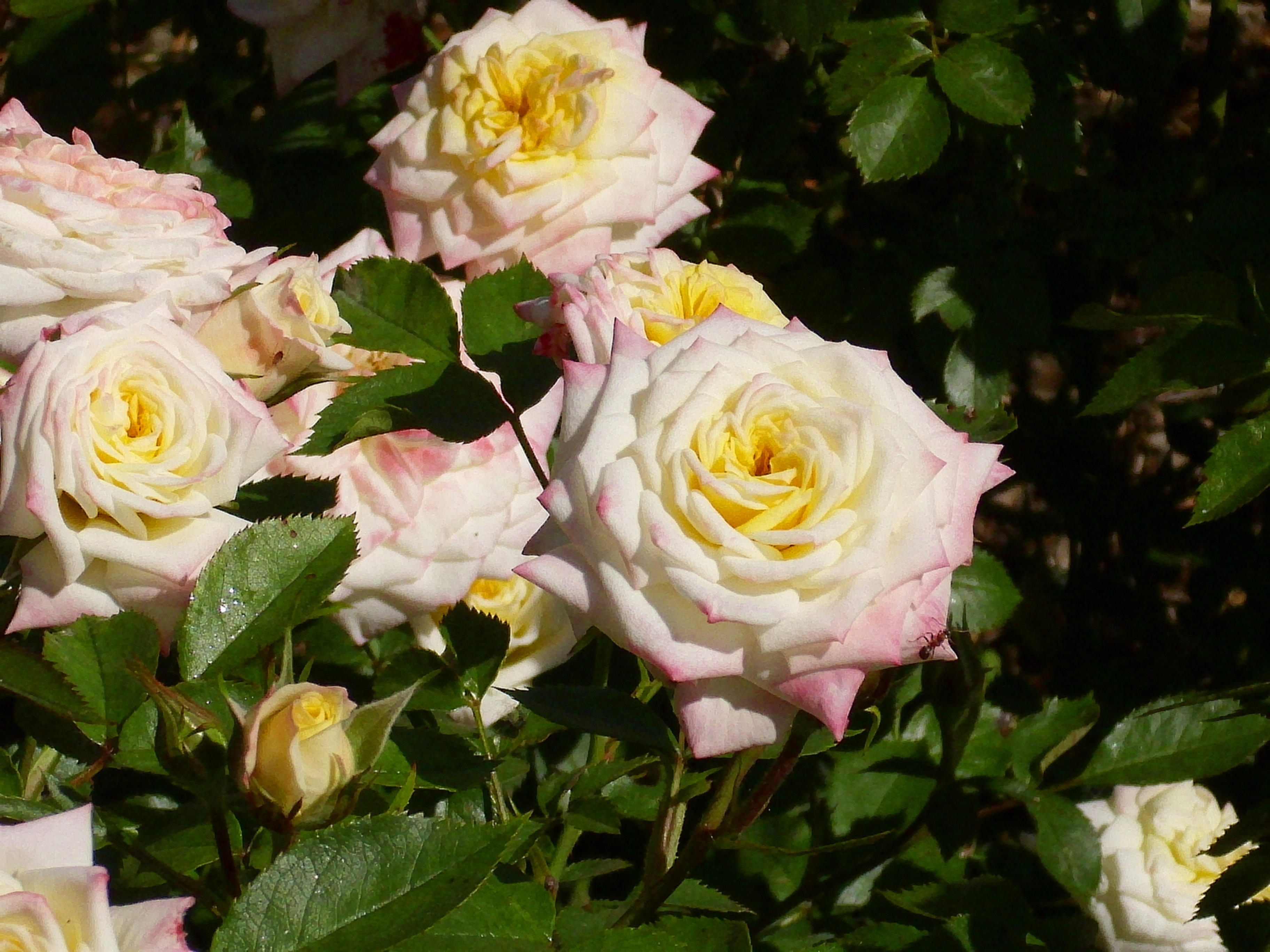
‘Venus (1996)’ (oder ‘Infanta Leonor’), F. Ferrer, 1996
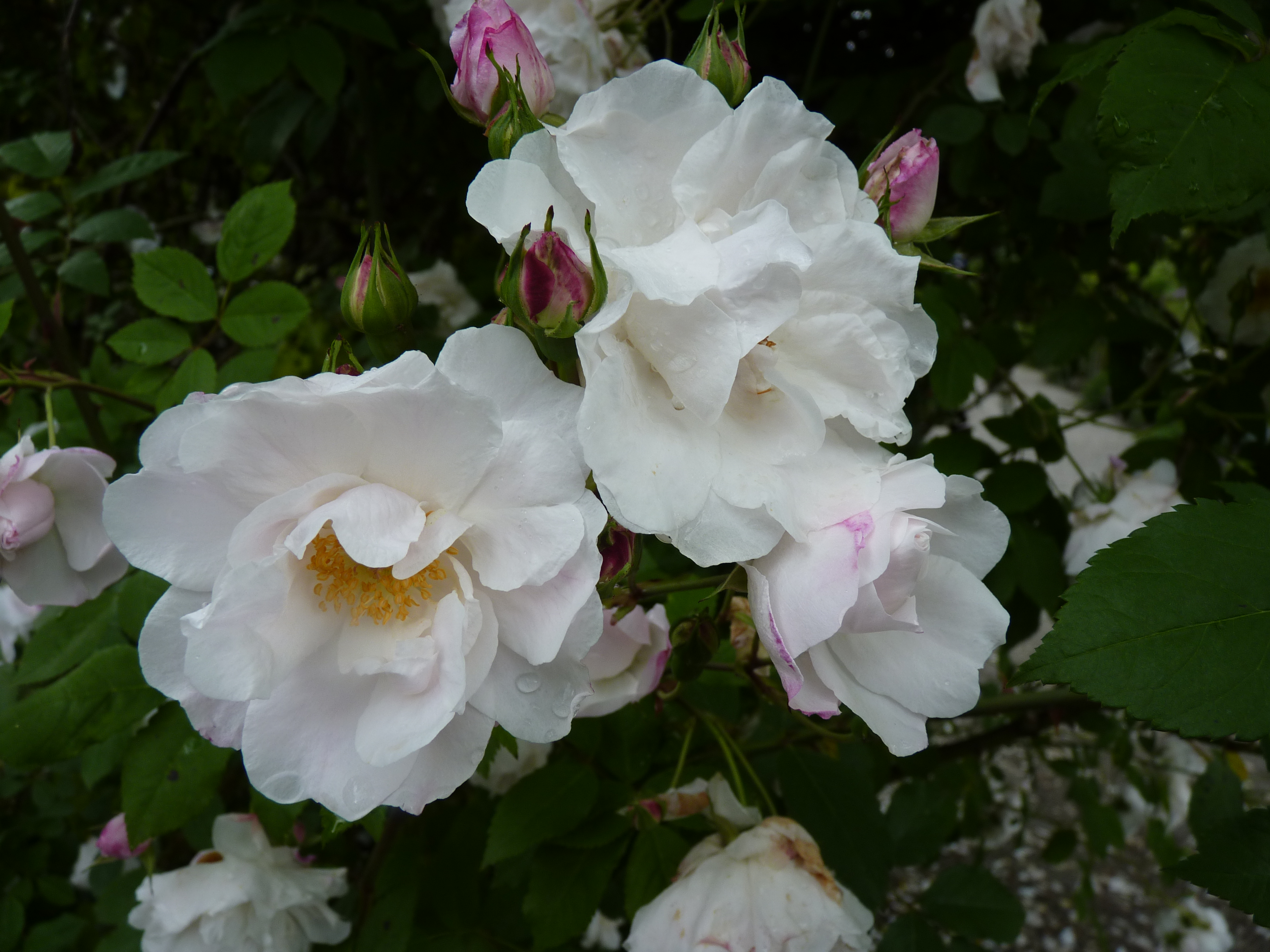
‘Venusta Pendula’, Unbekannt, < 1928
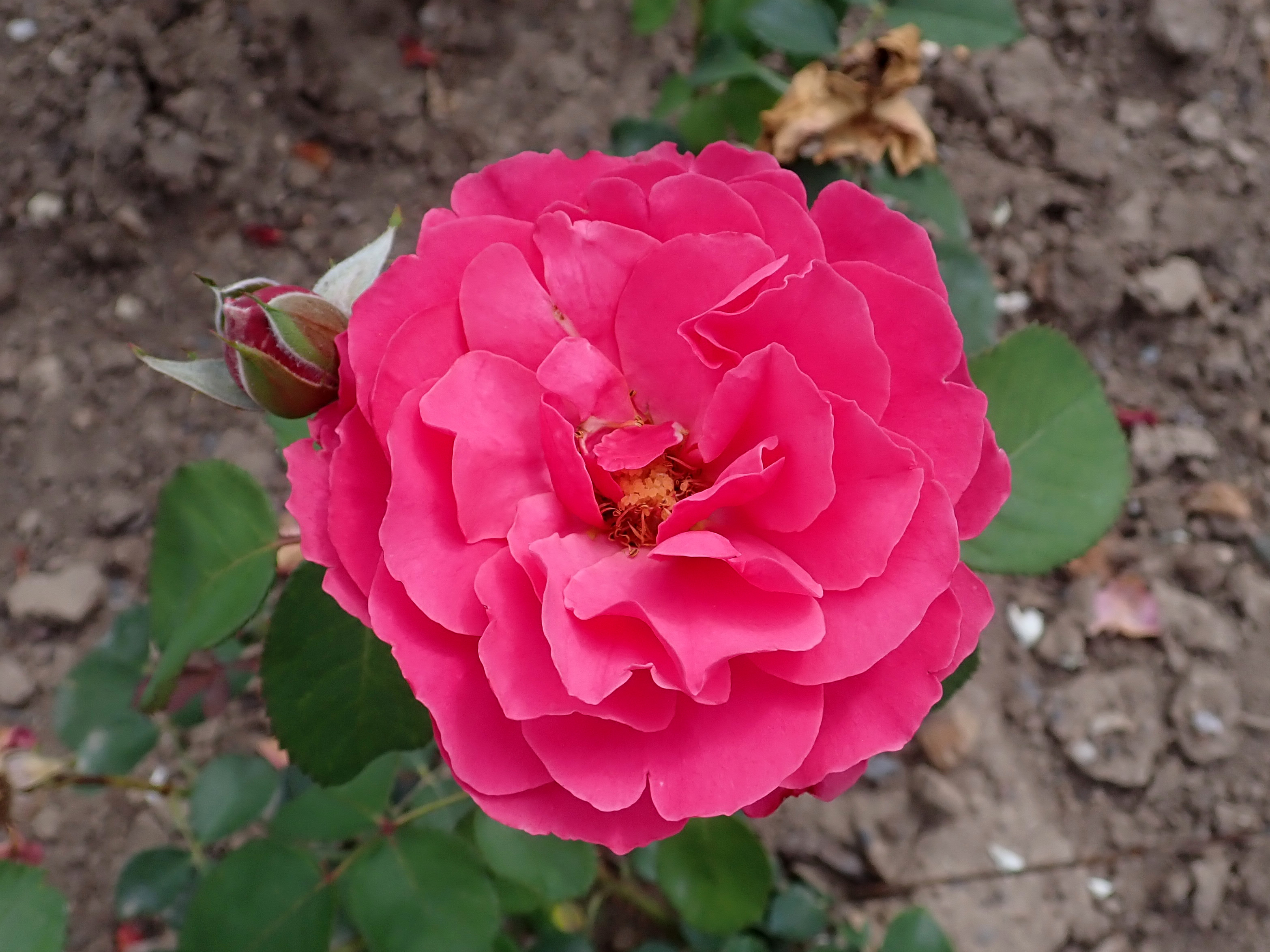
‘Verschurens Glow’, Verschuren, 1939
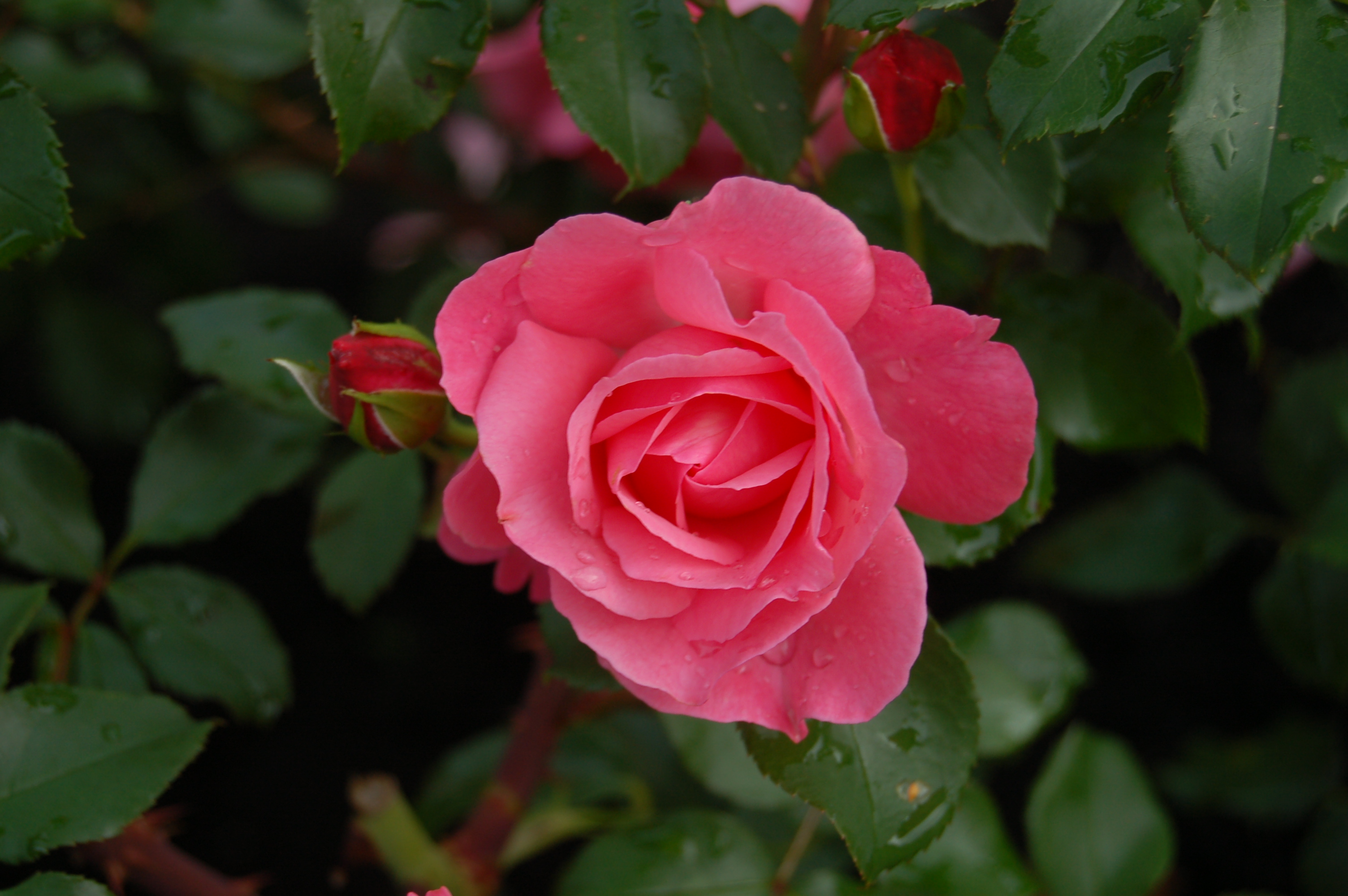
‘Veronica 92’, Noack, 1992
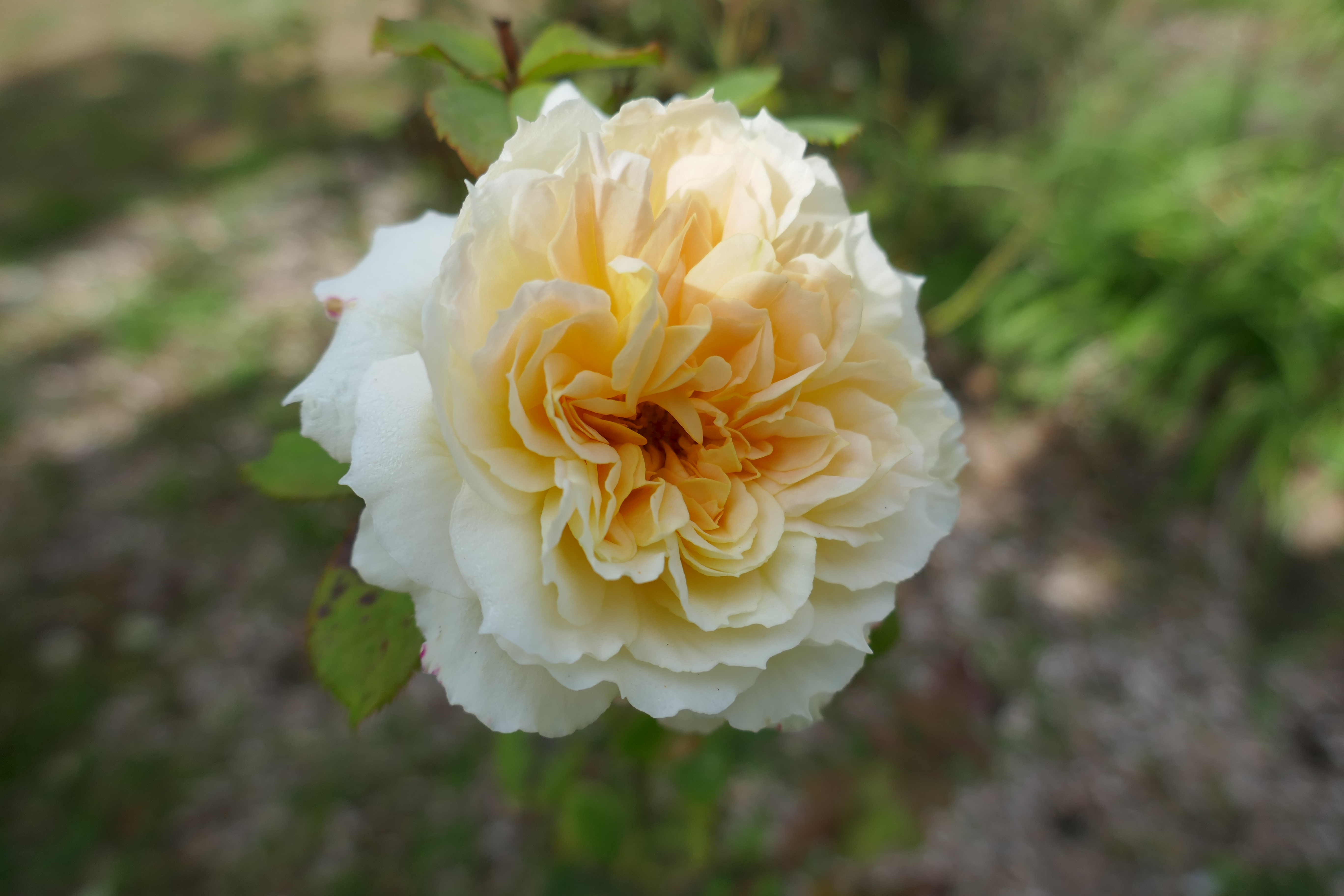
‘Véronique B.’, Dominique Massad, 1997
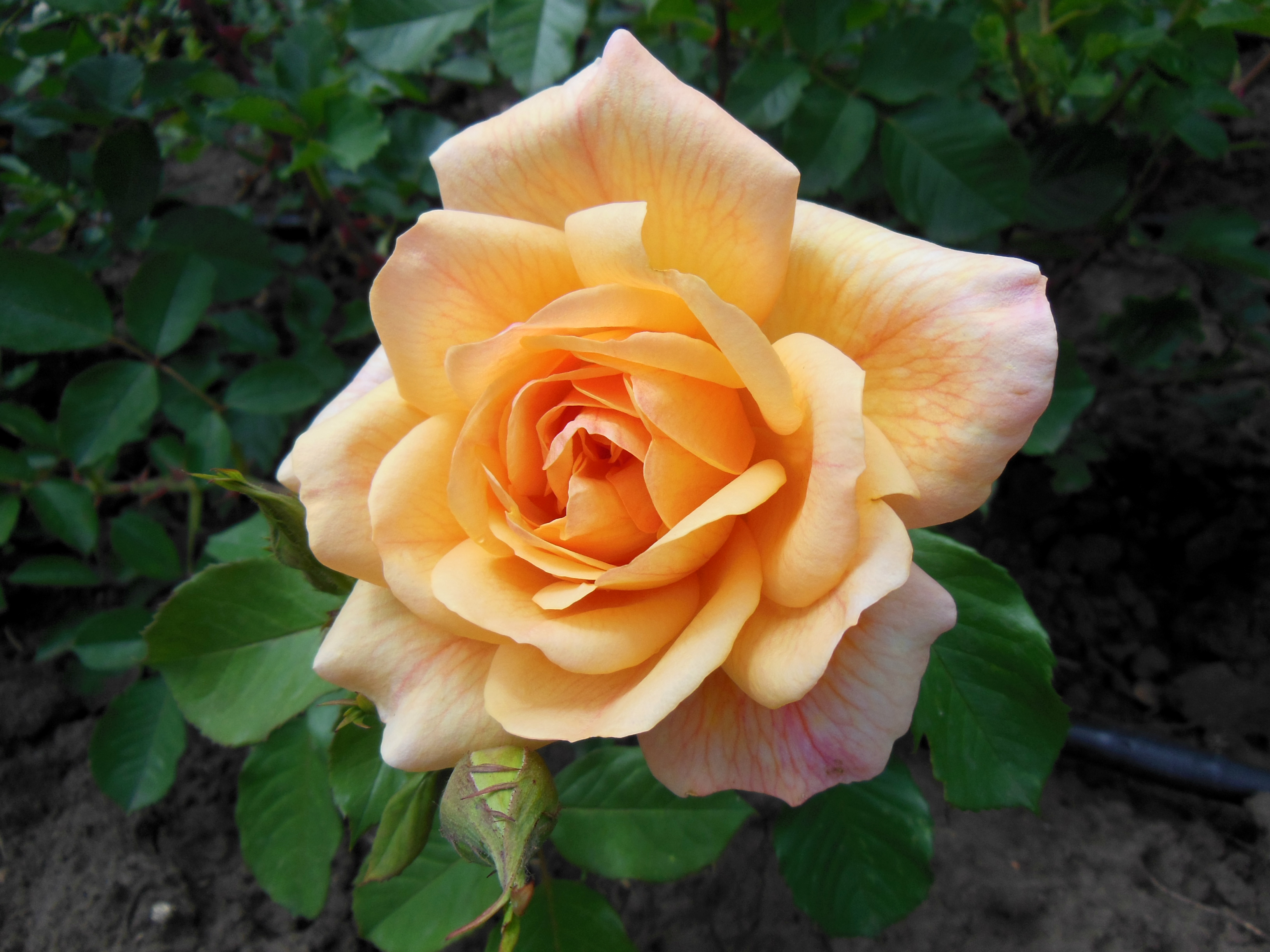
‘Versilia’, NIRP International, 1996
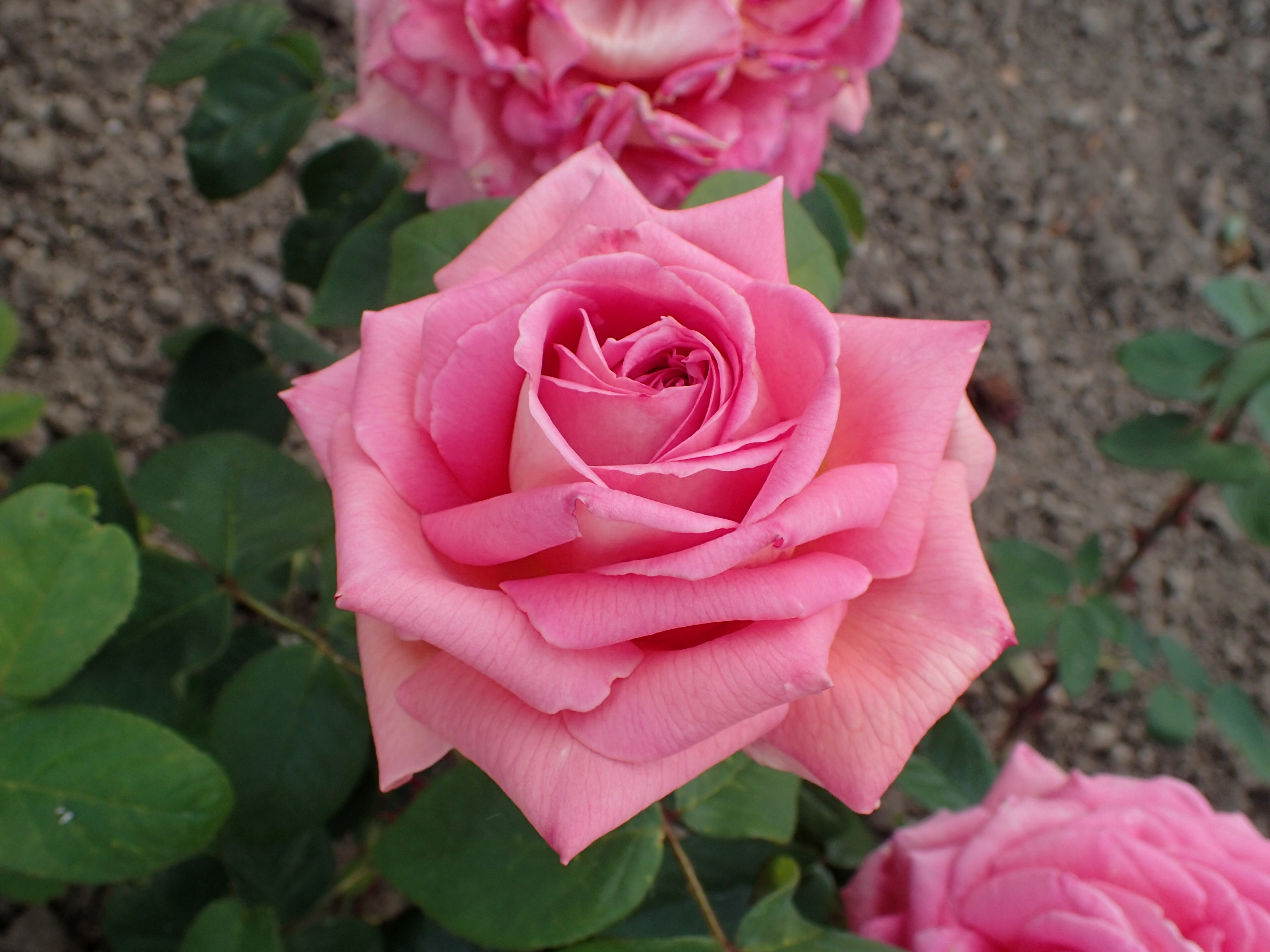
‘Vianden’, Ketten Frères, 1932
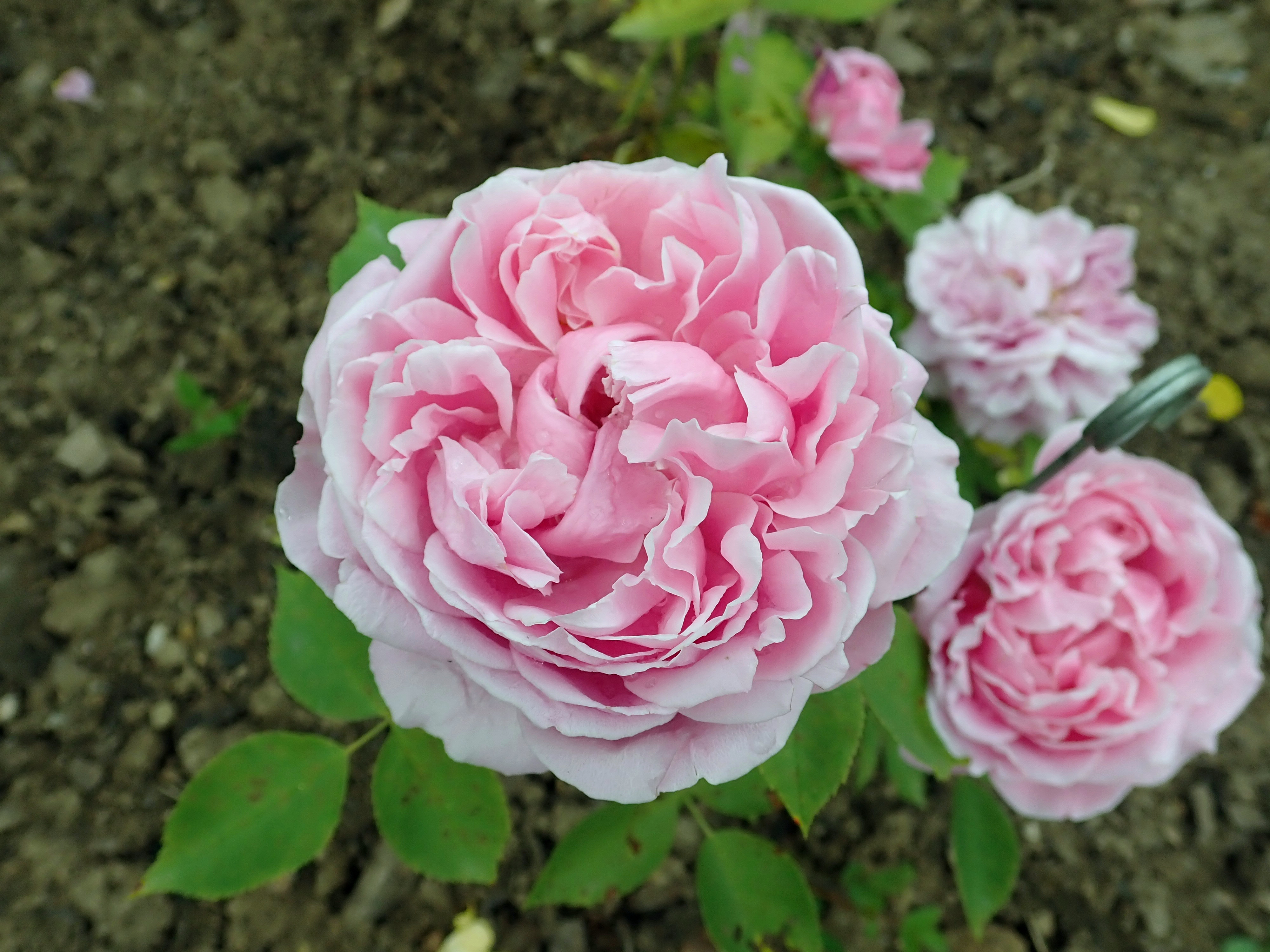
‘Vick’s Caprice’, James Vick, 1889
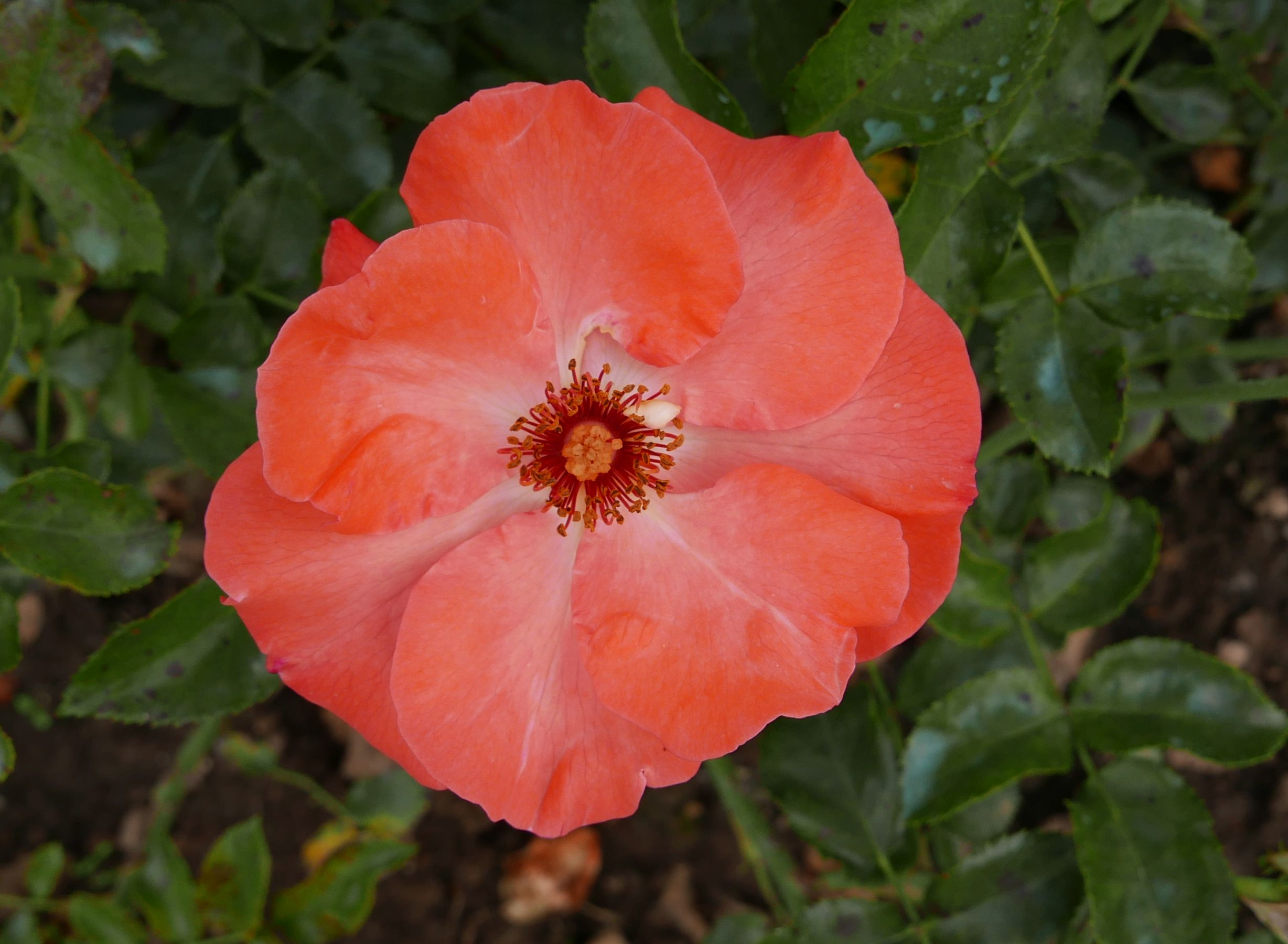
‘Vicky 93’, Noack, 1993
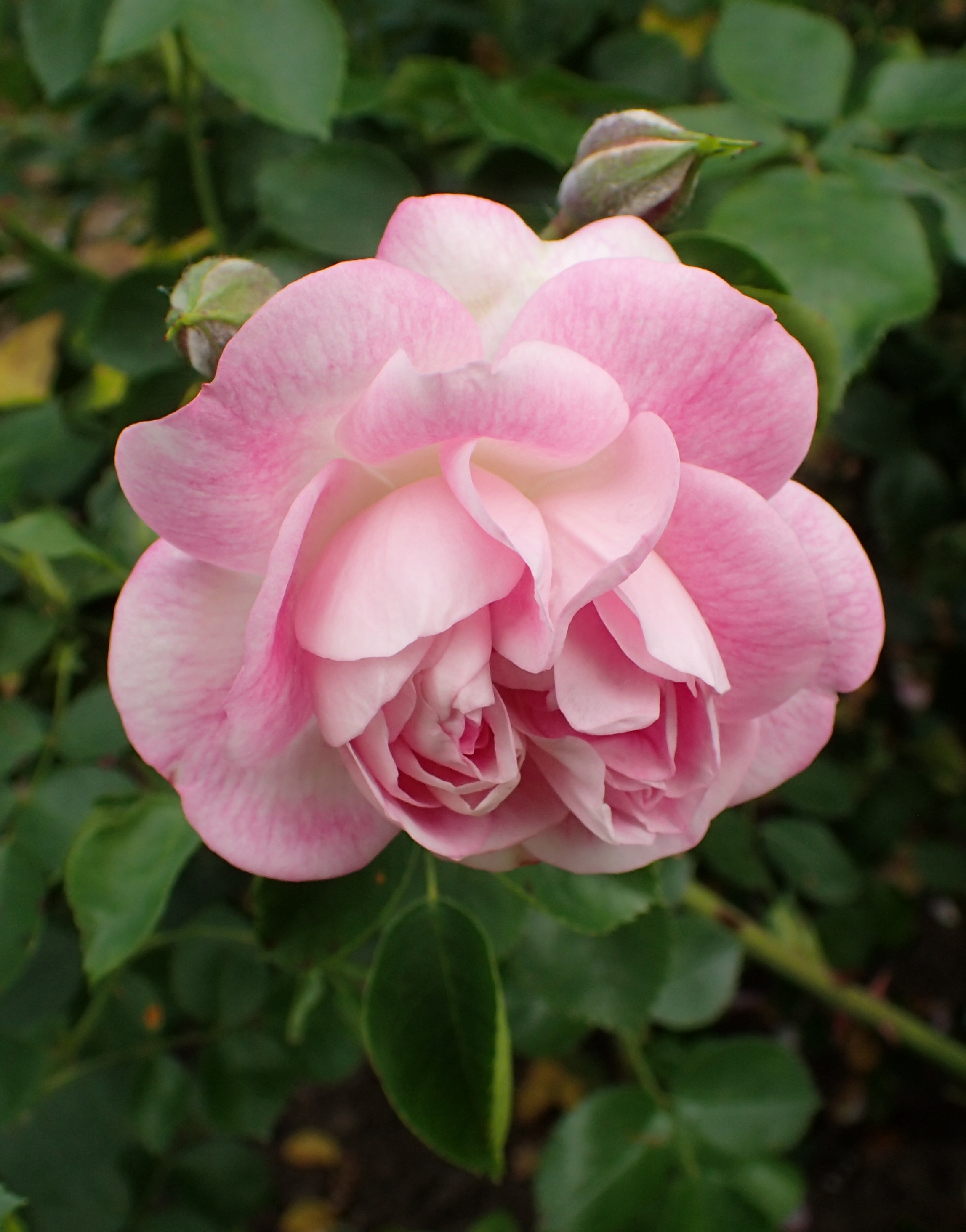
‘Vicomtesse de Chabannes’, Buatois, 1921
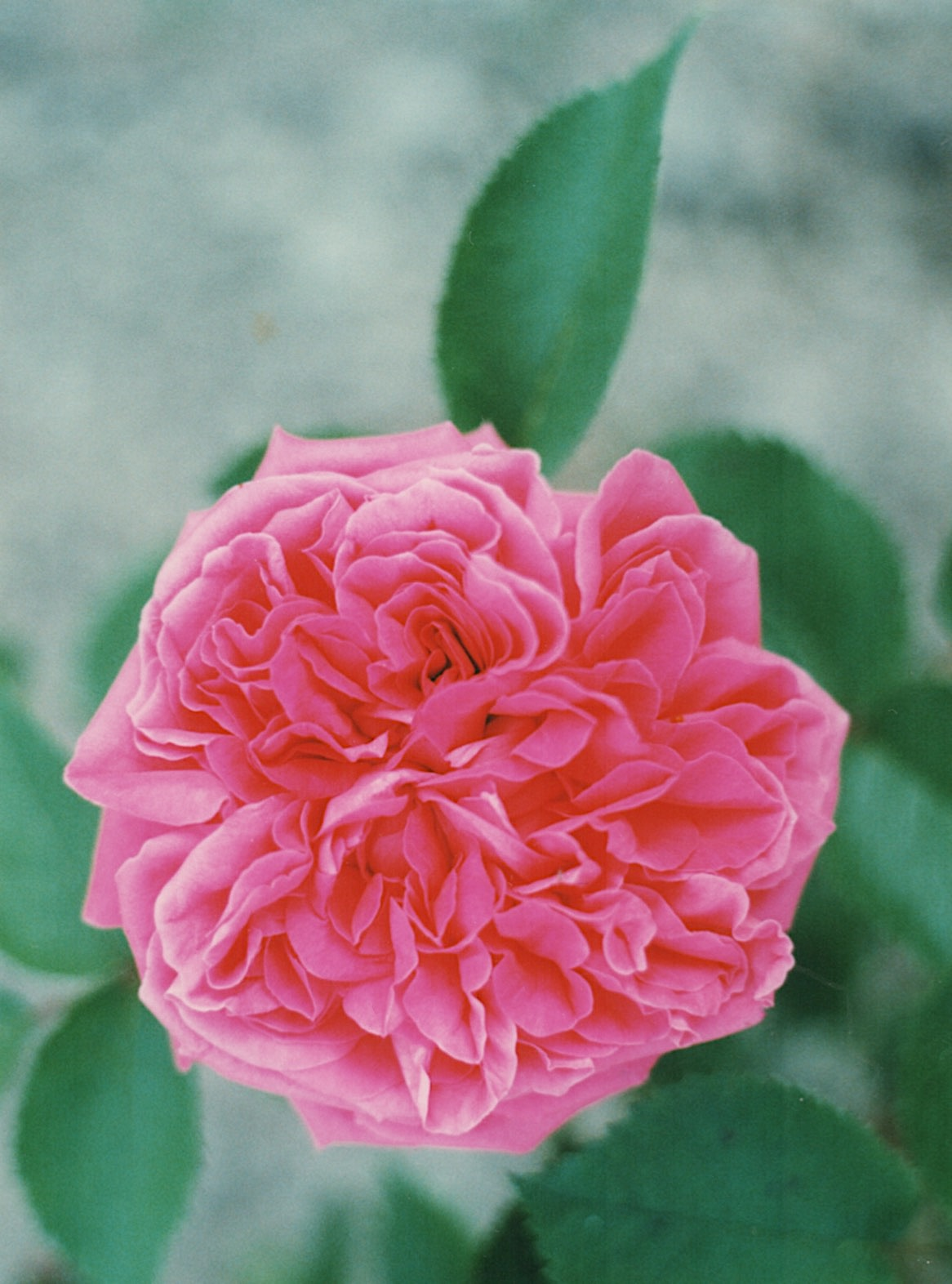
‘Vicomtesse de Vézins’, Victor Etienne Gautreau, 1867
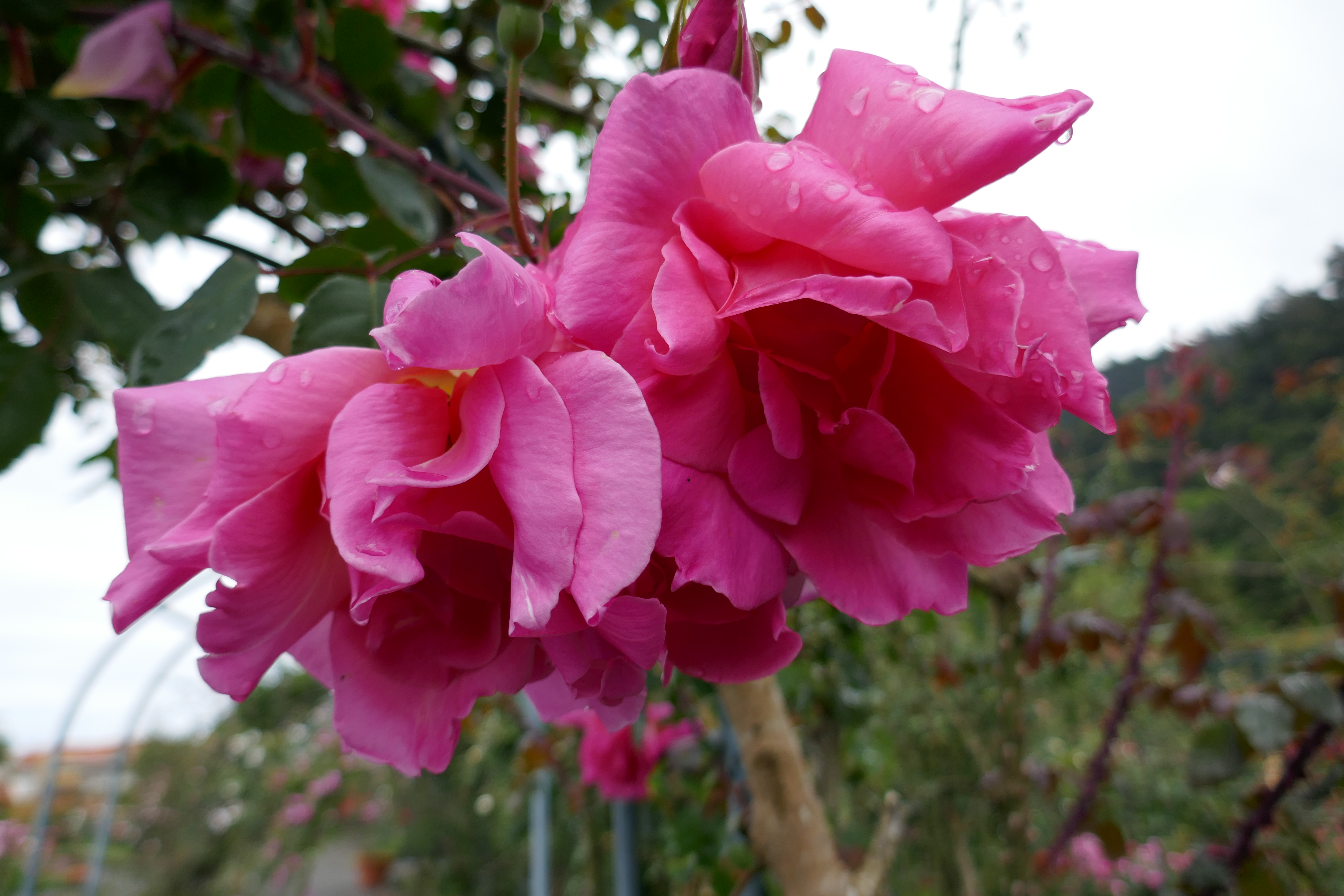
‘Vicomtesse Pierre du Fou’, Sauvageot, 1923
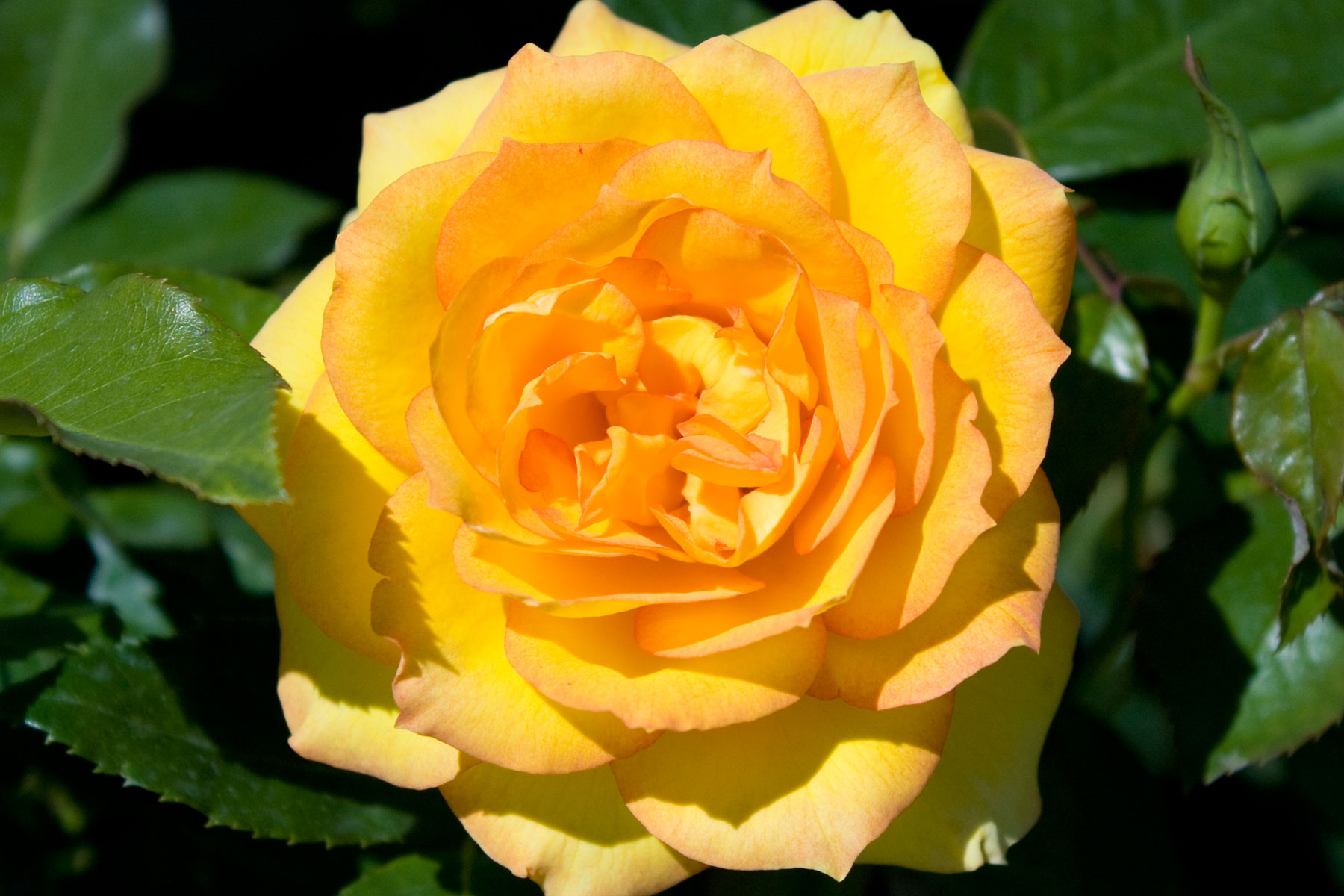
‘Victoria Gold’, Eric T. Welsh, 1999
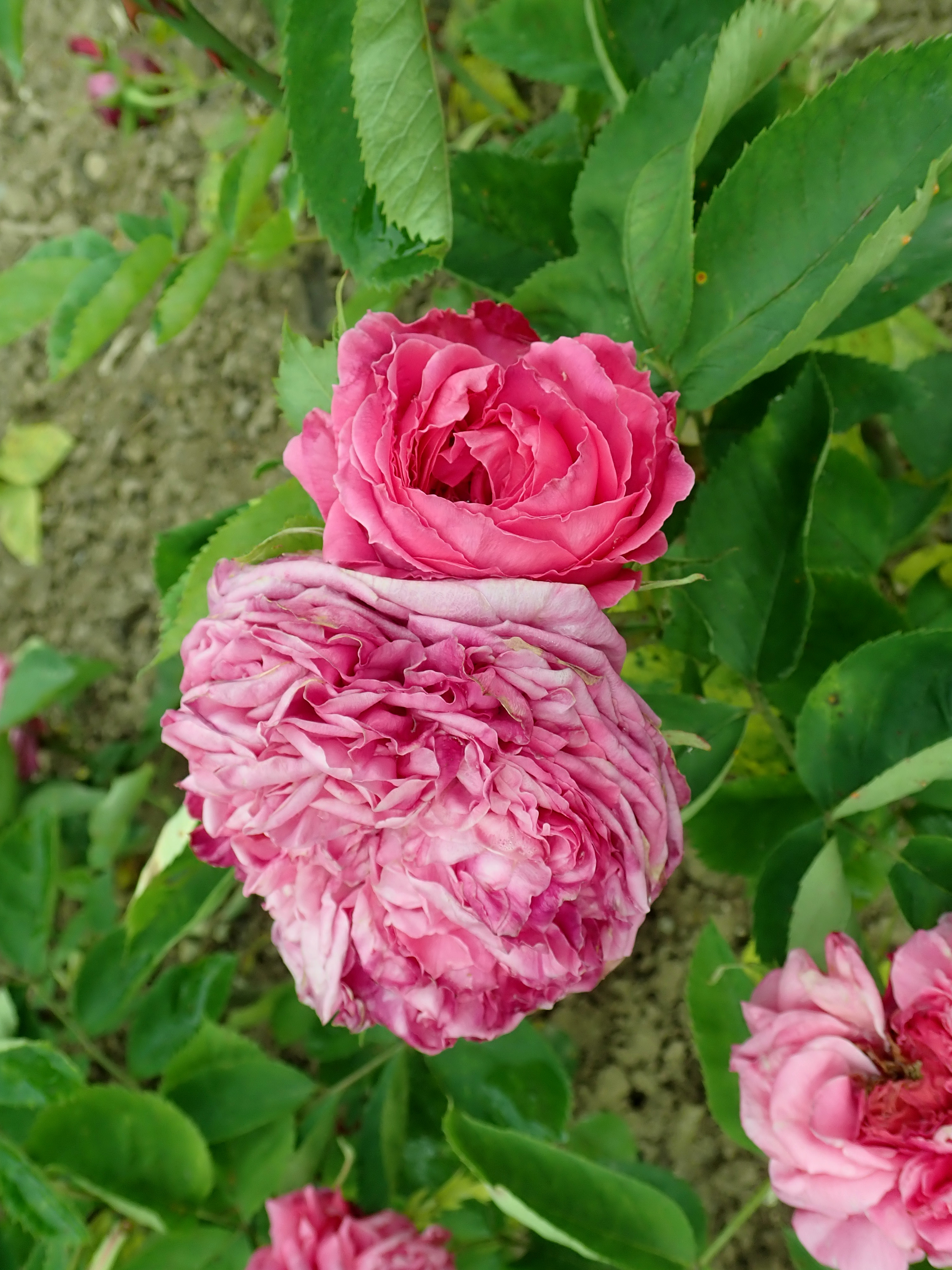
‘Victor Lemoine’, Louis Lévêque, 1888
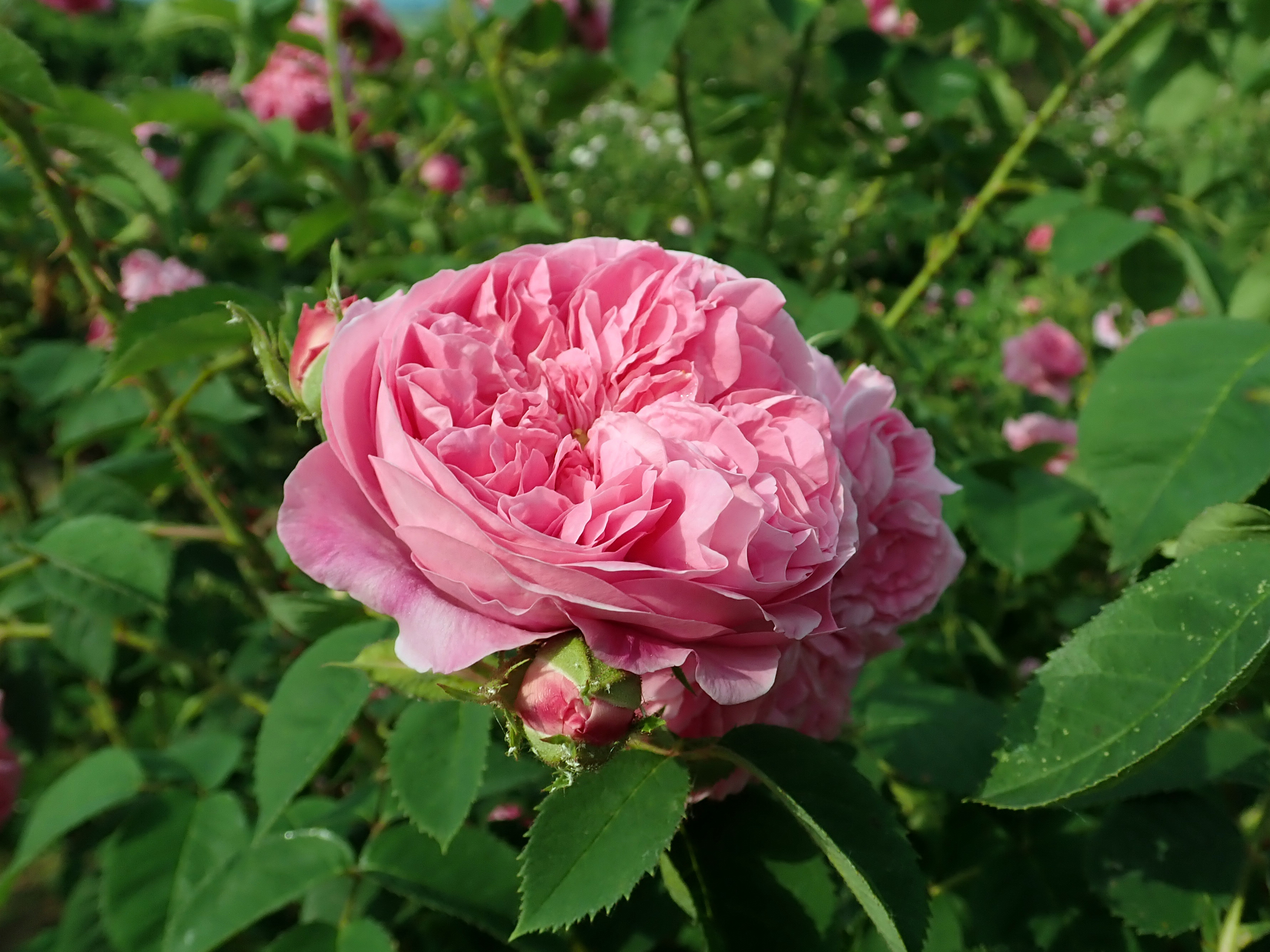
‘Victor Parmentier’, Parmentier, vor 1847
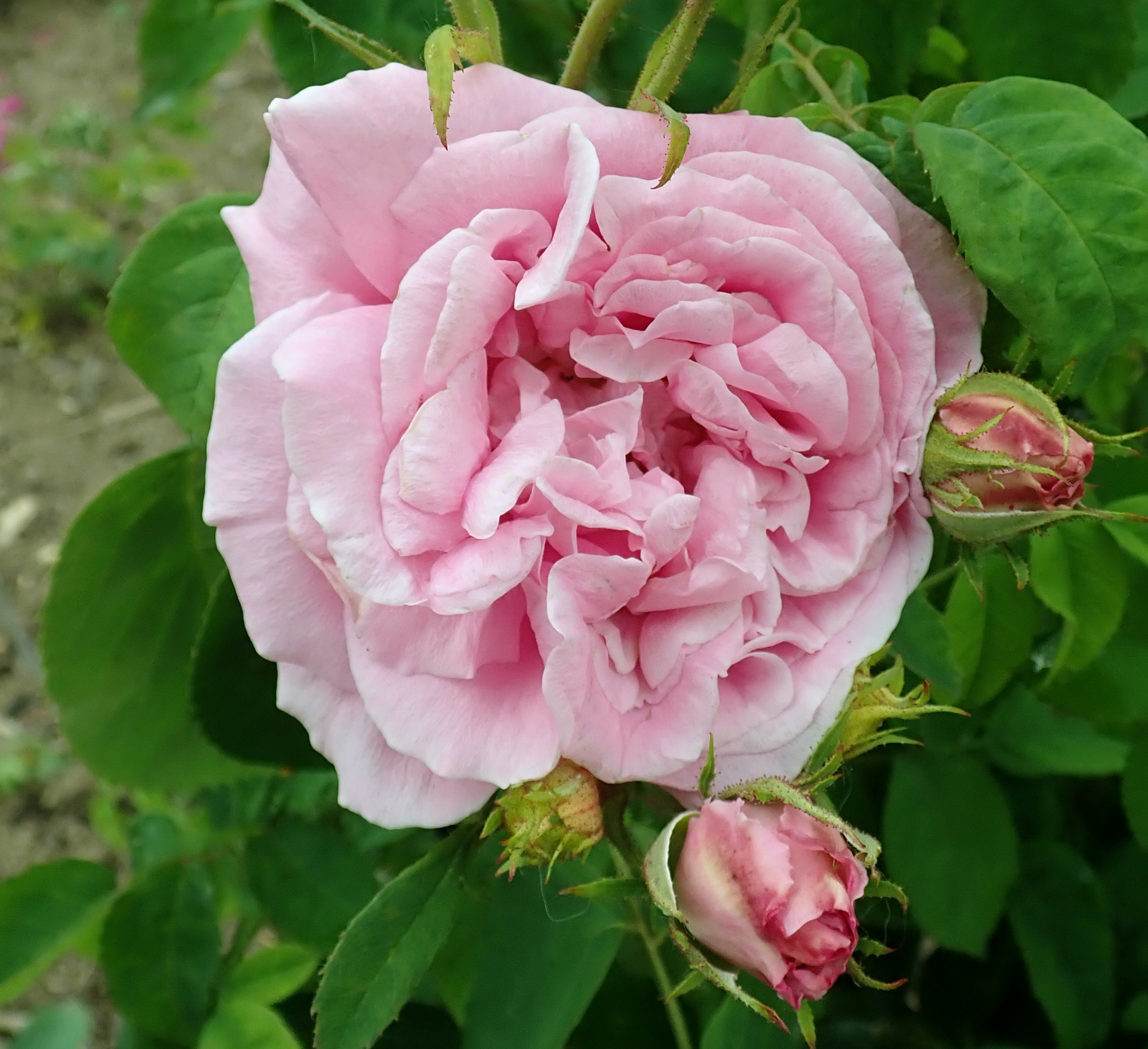
‘Victor Verdier’, François Lacharme, 1859
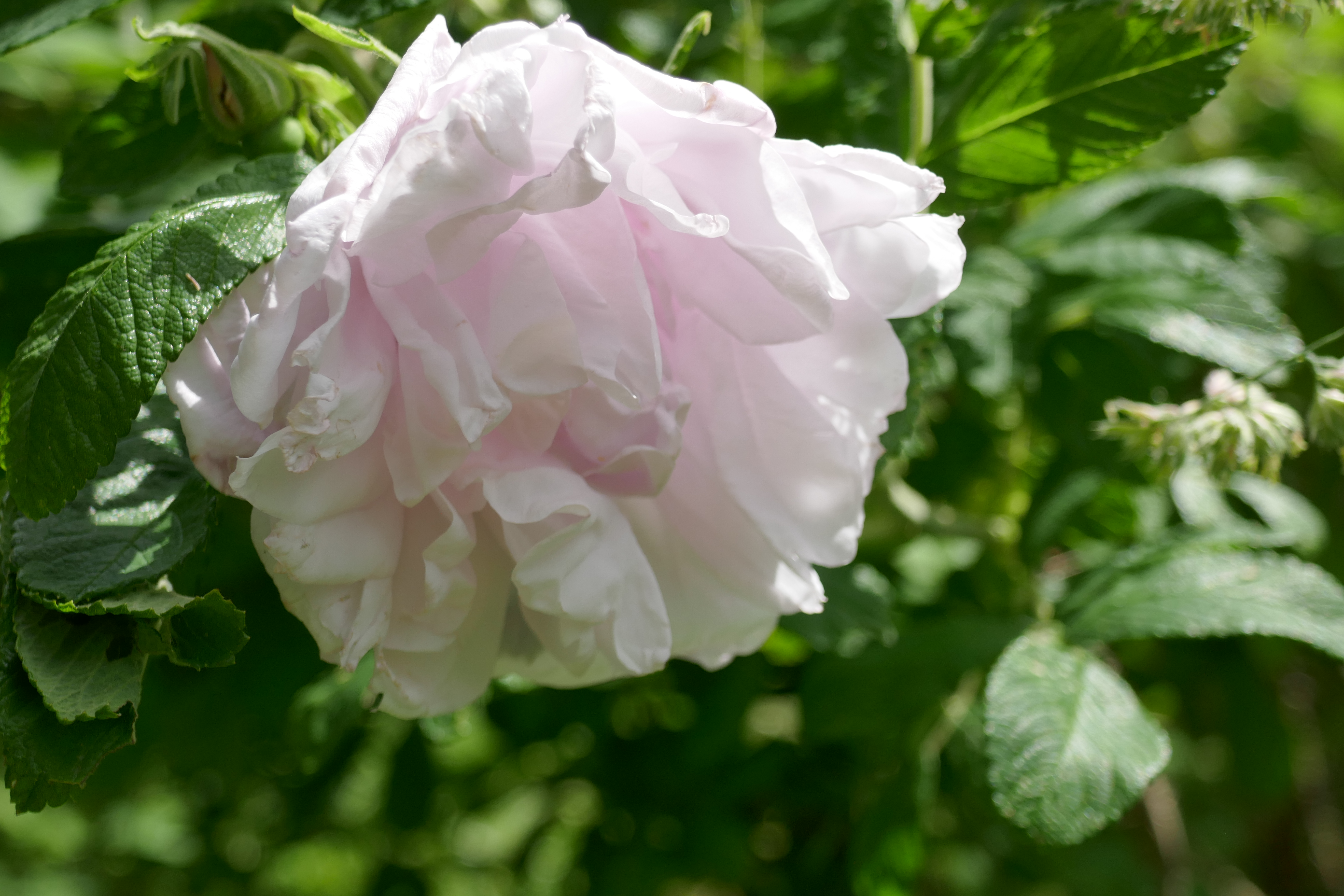
‘Vierge de Cléry’, Auguste Alexandre Baron-Veillard, 1888
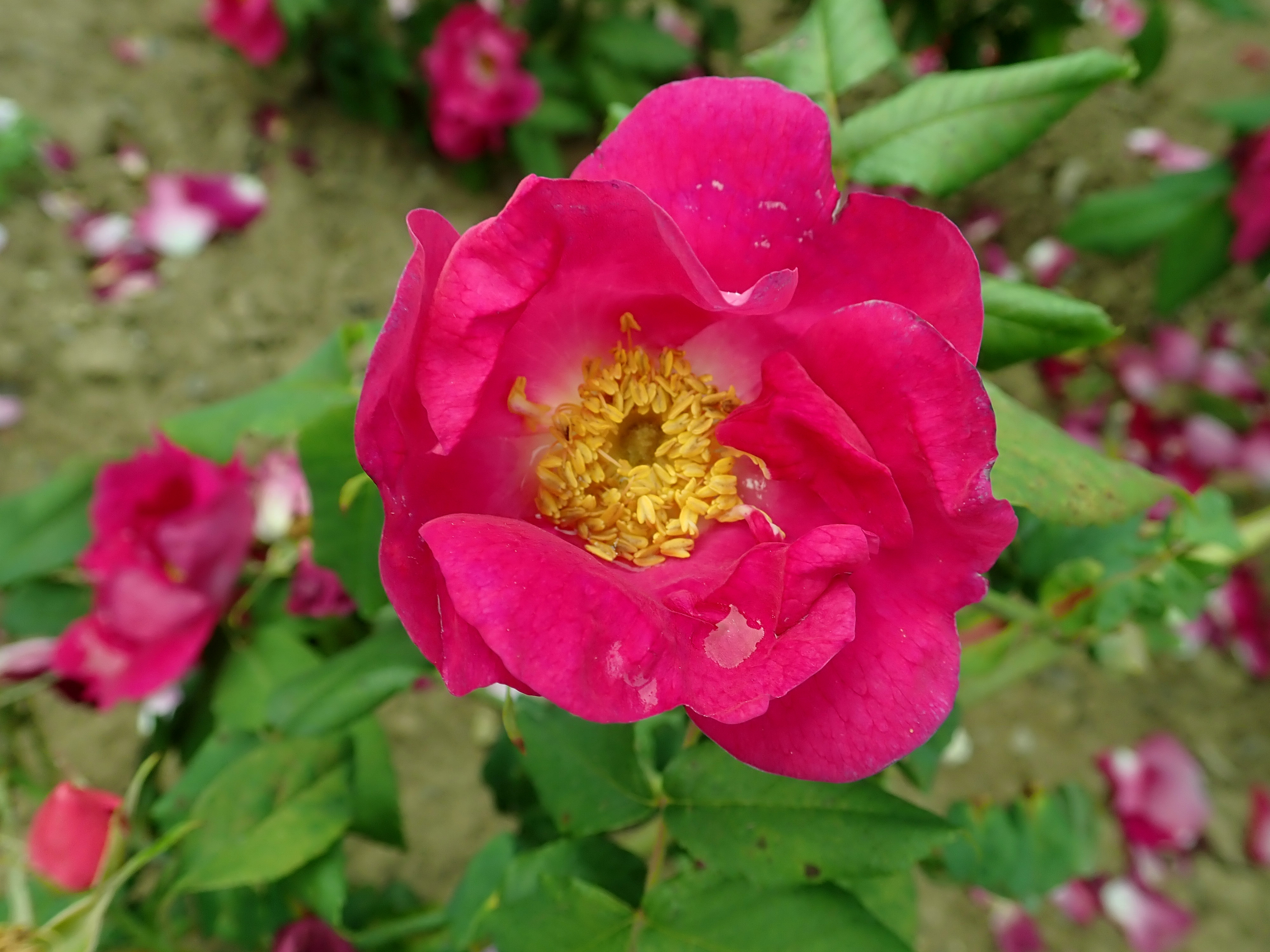
‘Viggo’, Rautio, 2004
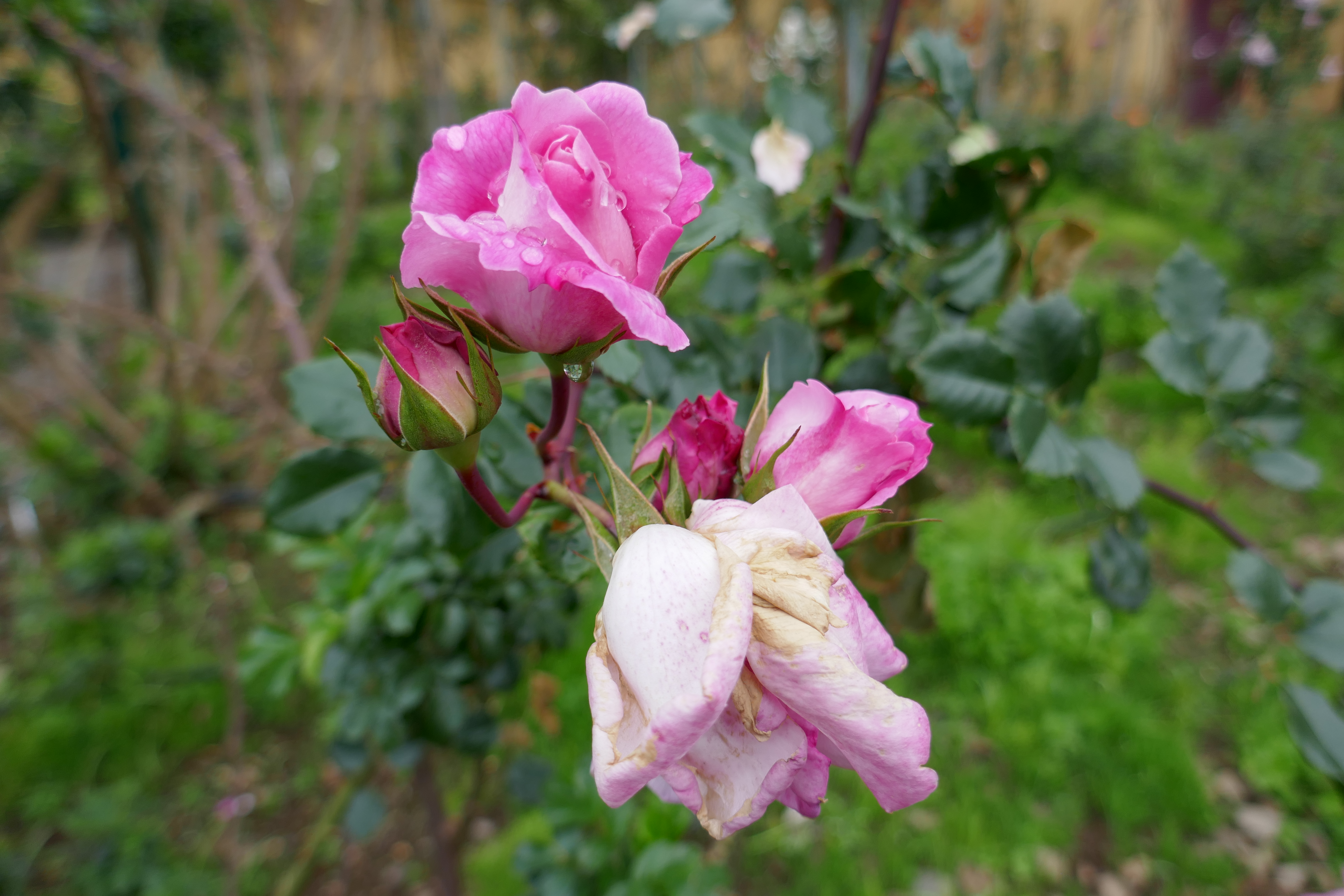
‘Villa Rosa’, Eve, 2002
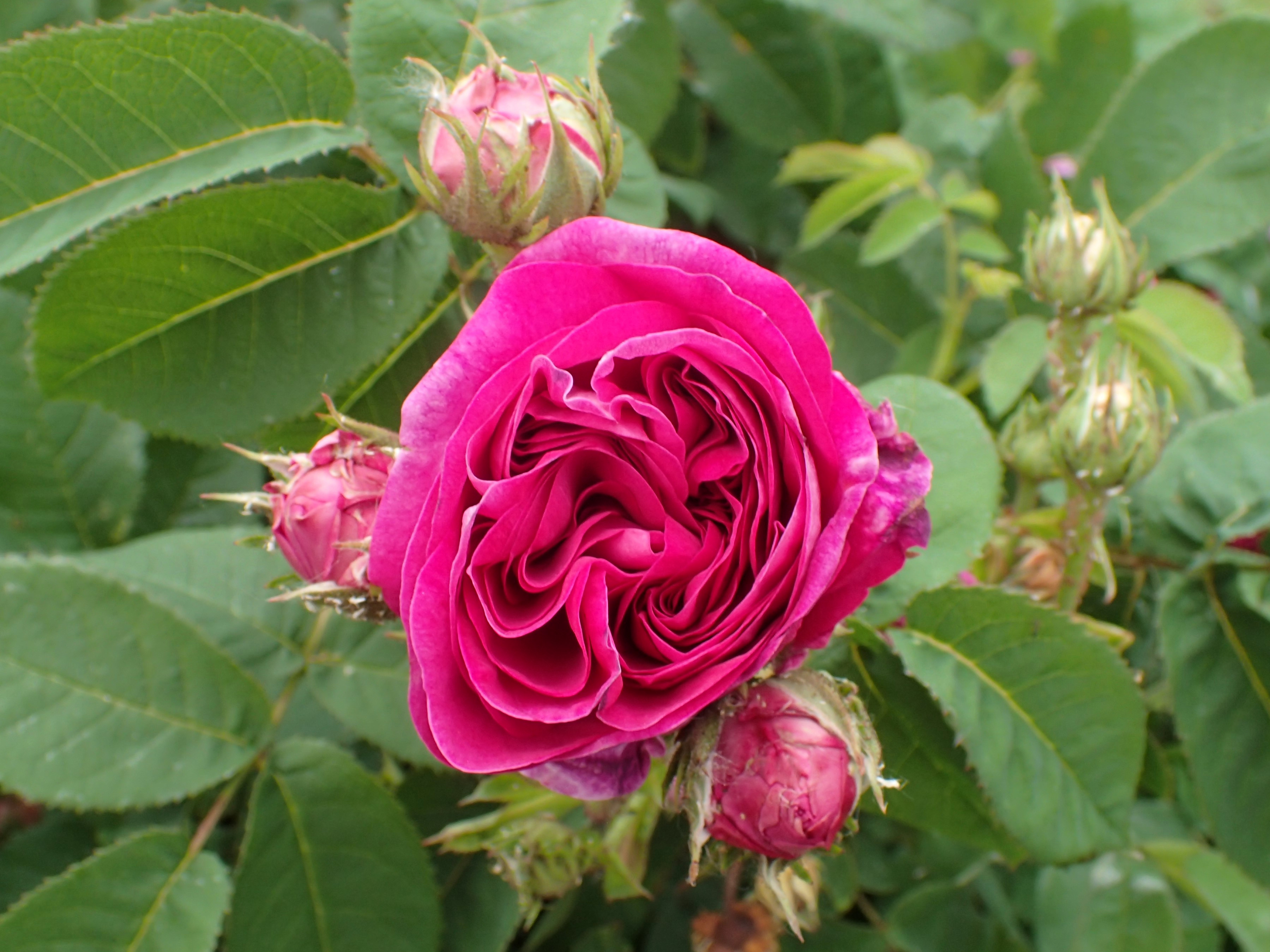
‘Ville de Londres’, Vibert, 1845
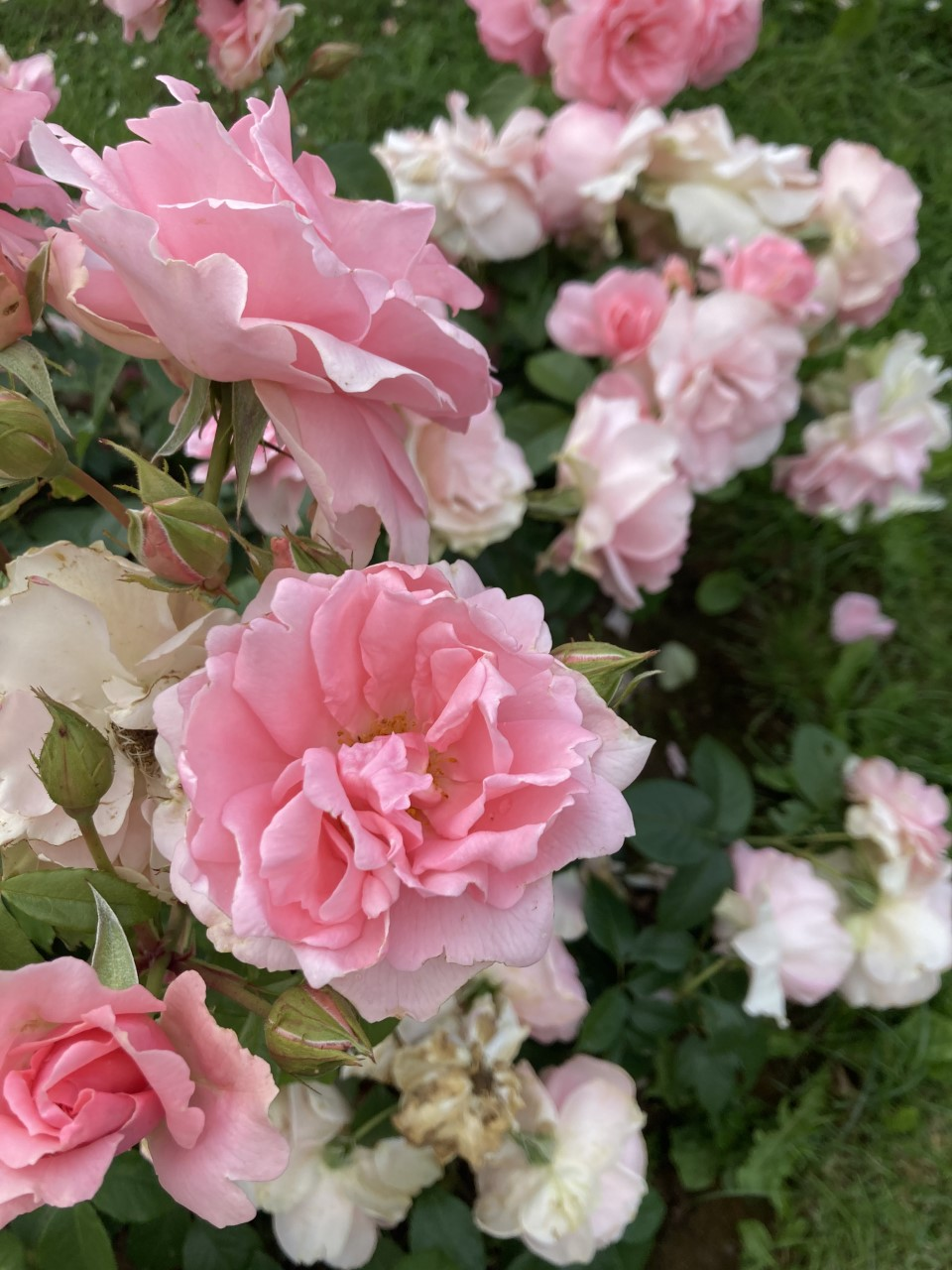
‘Ville de Saumur’, Gareth Fryer, vor 2007
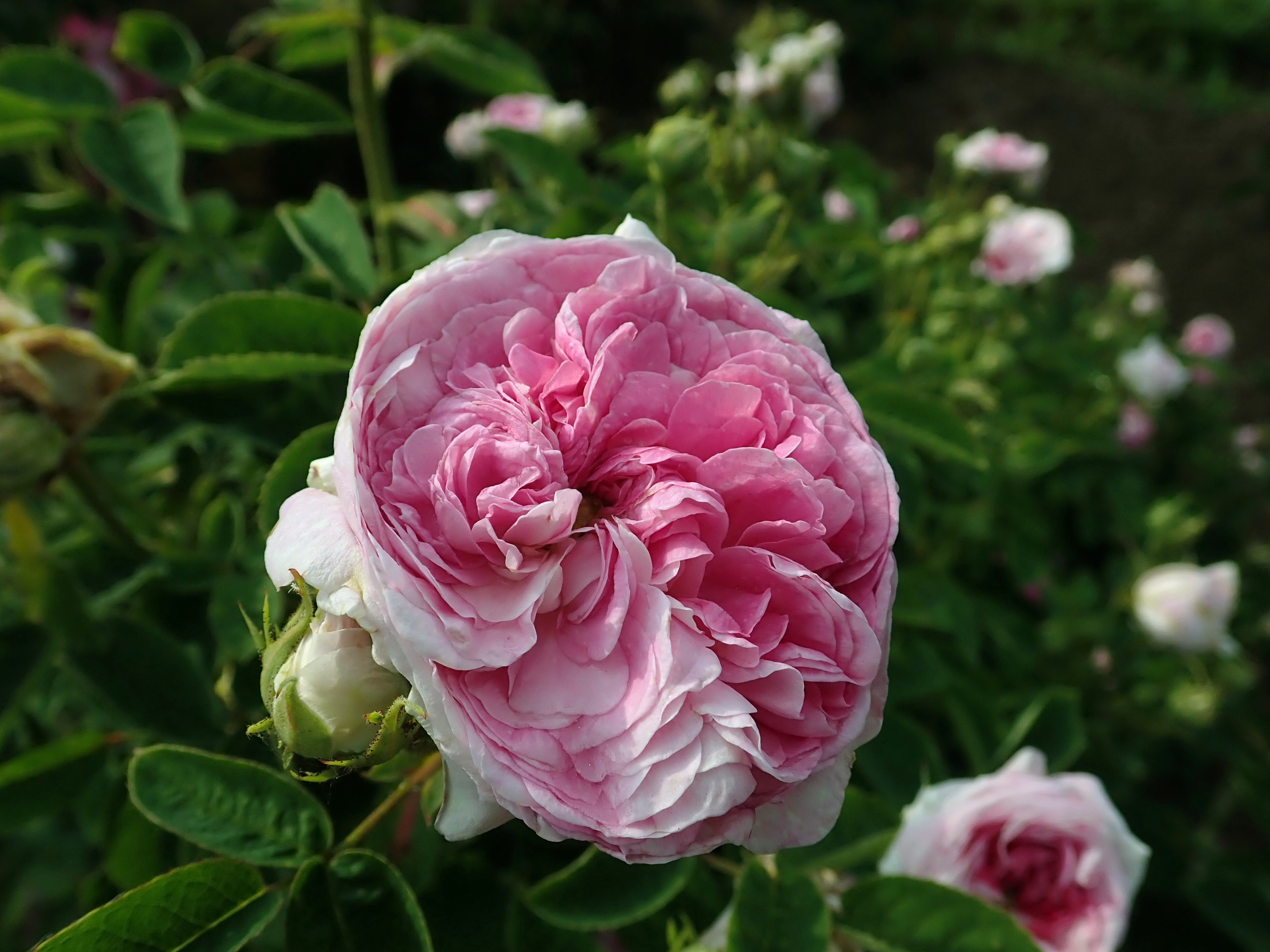
‘Ville de Toulouse’, François Brassac, 1876
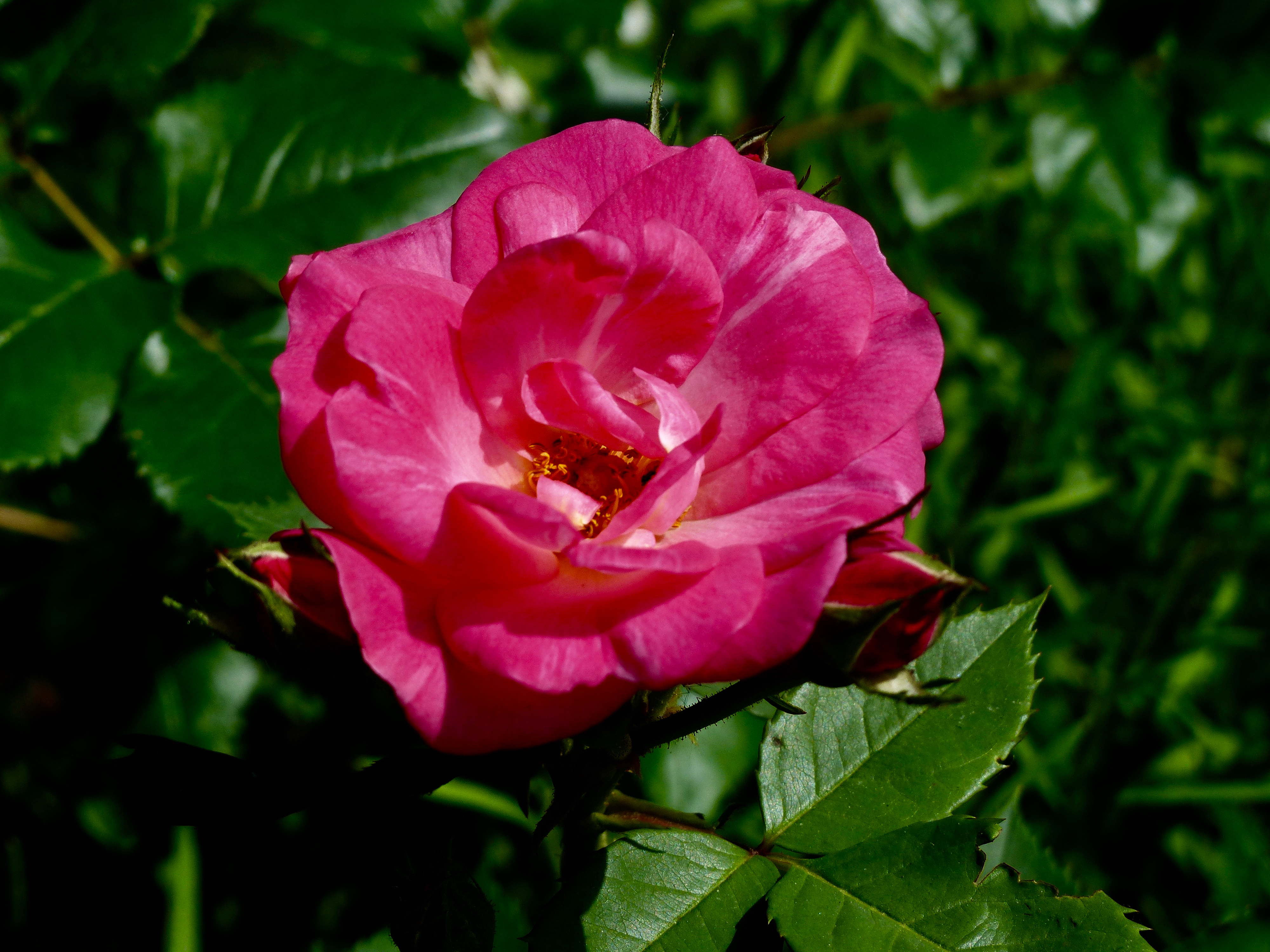
‘Ville du Roeulx’,  RVS Rijksstation voor Sierplantenteelt, 1989
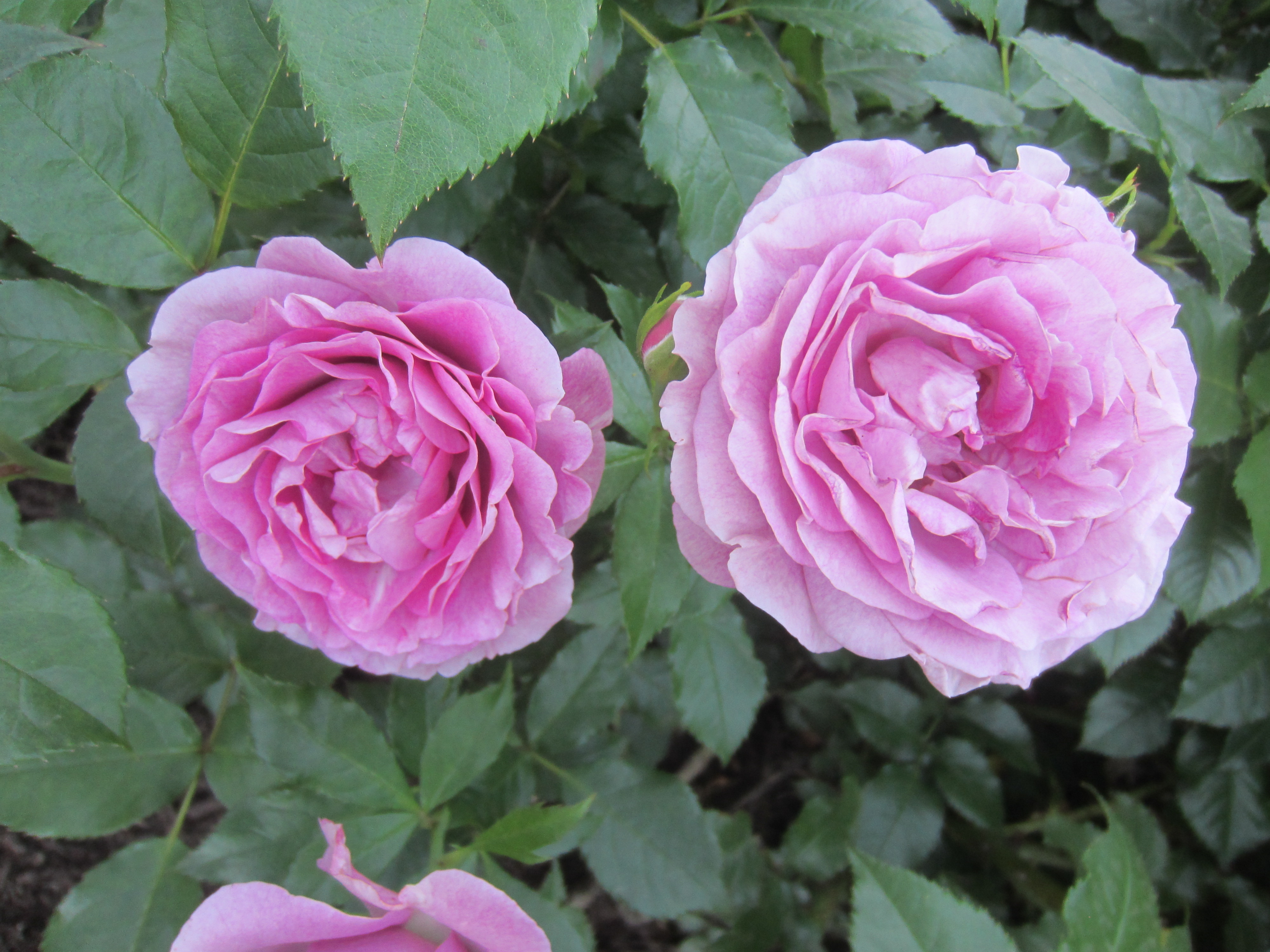
‘Violet’s Pride’, Christian Bédard, vor 2013
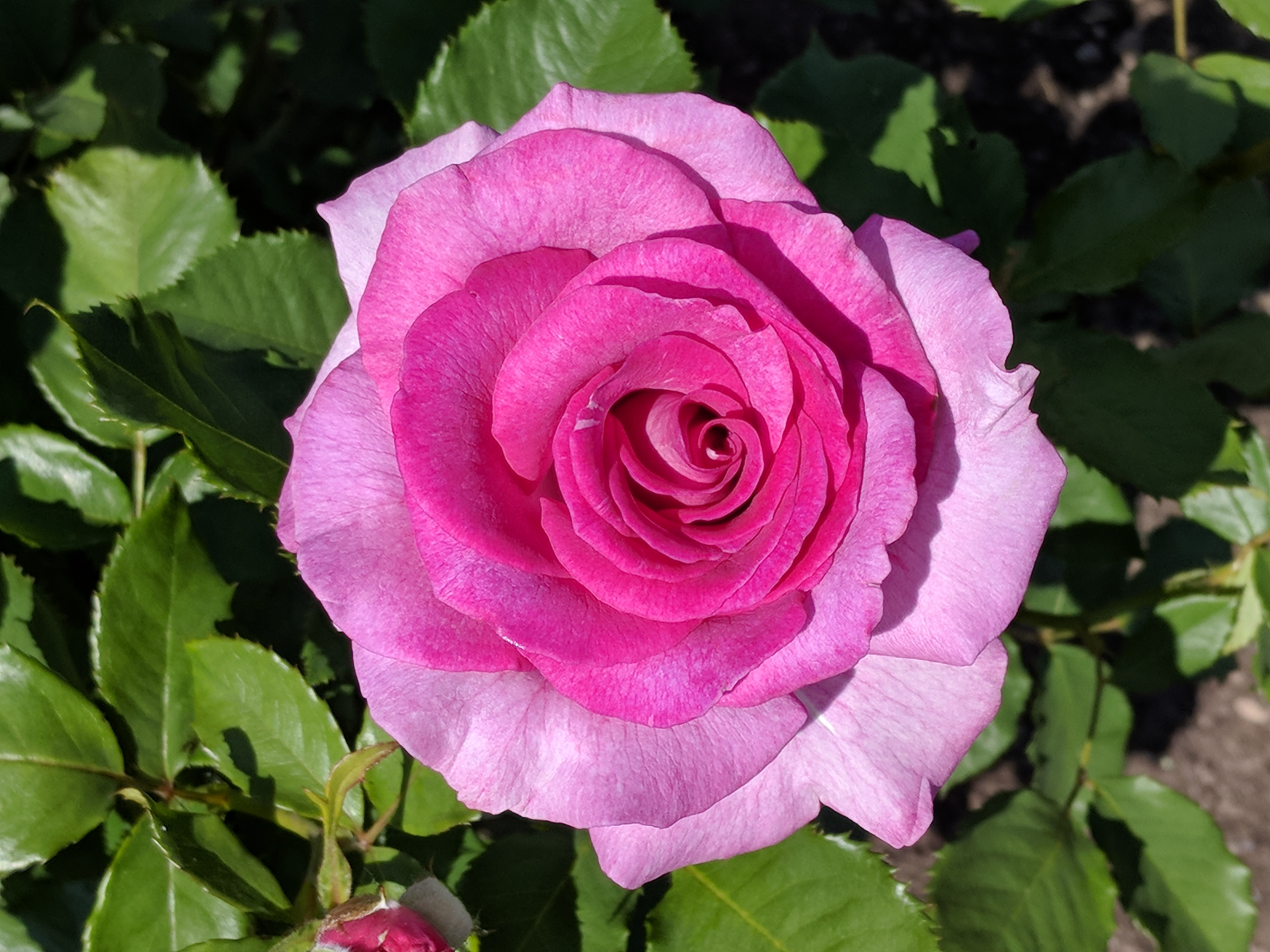
‘Violette Parfumée’, François Dorieux II, 1992
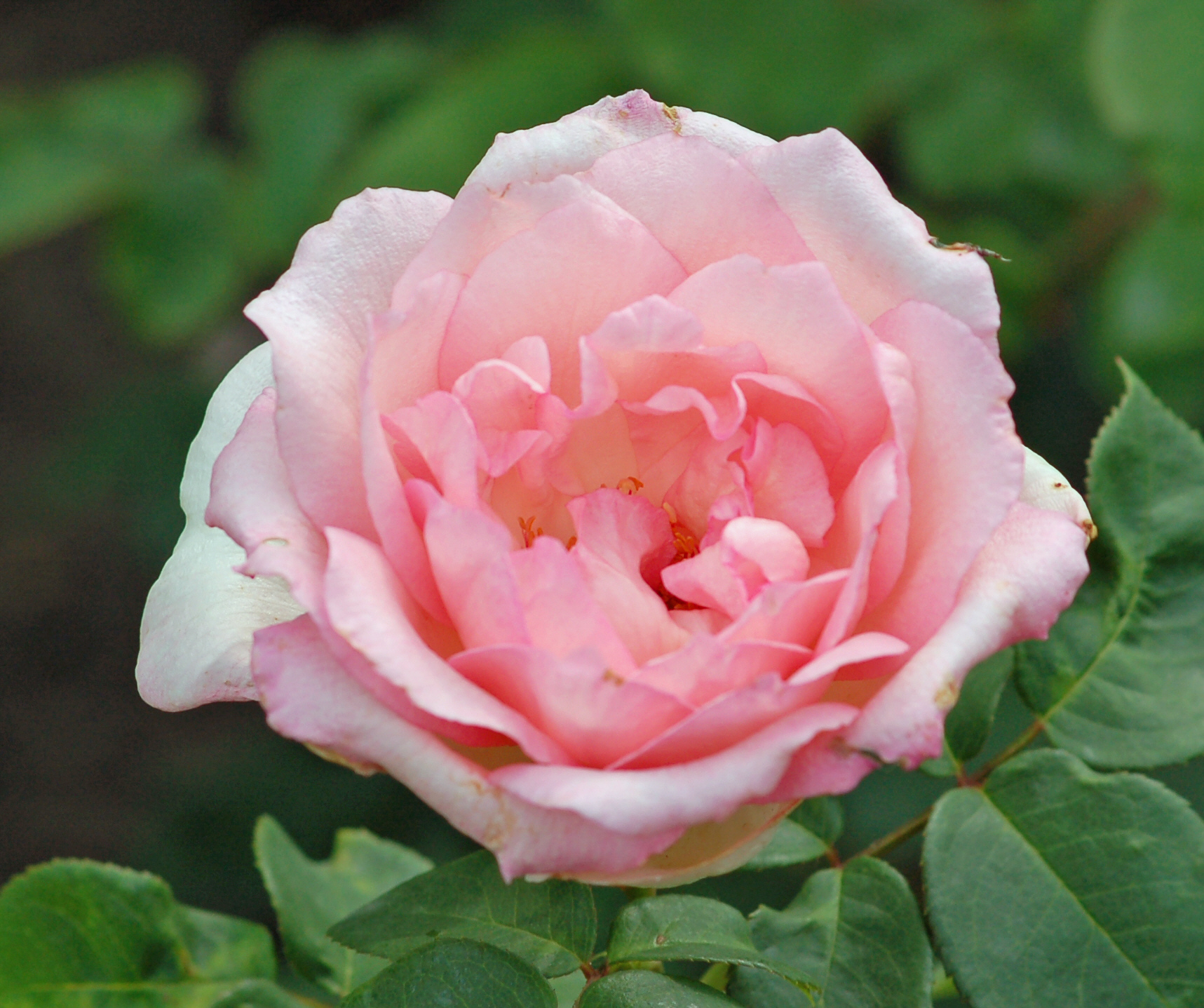
‘Violina’, Tantau, 1997
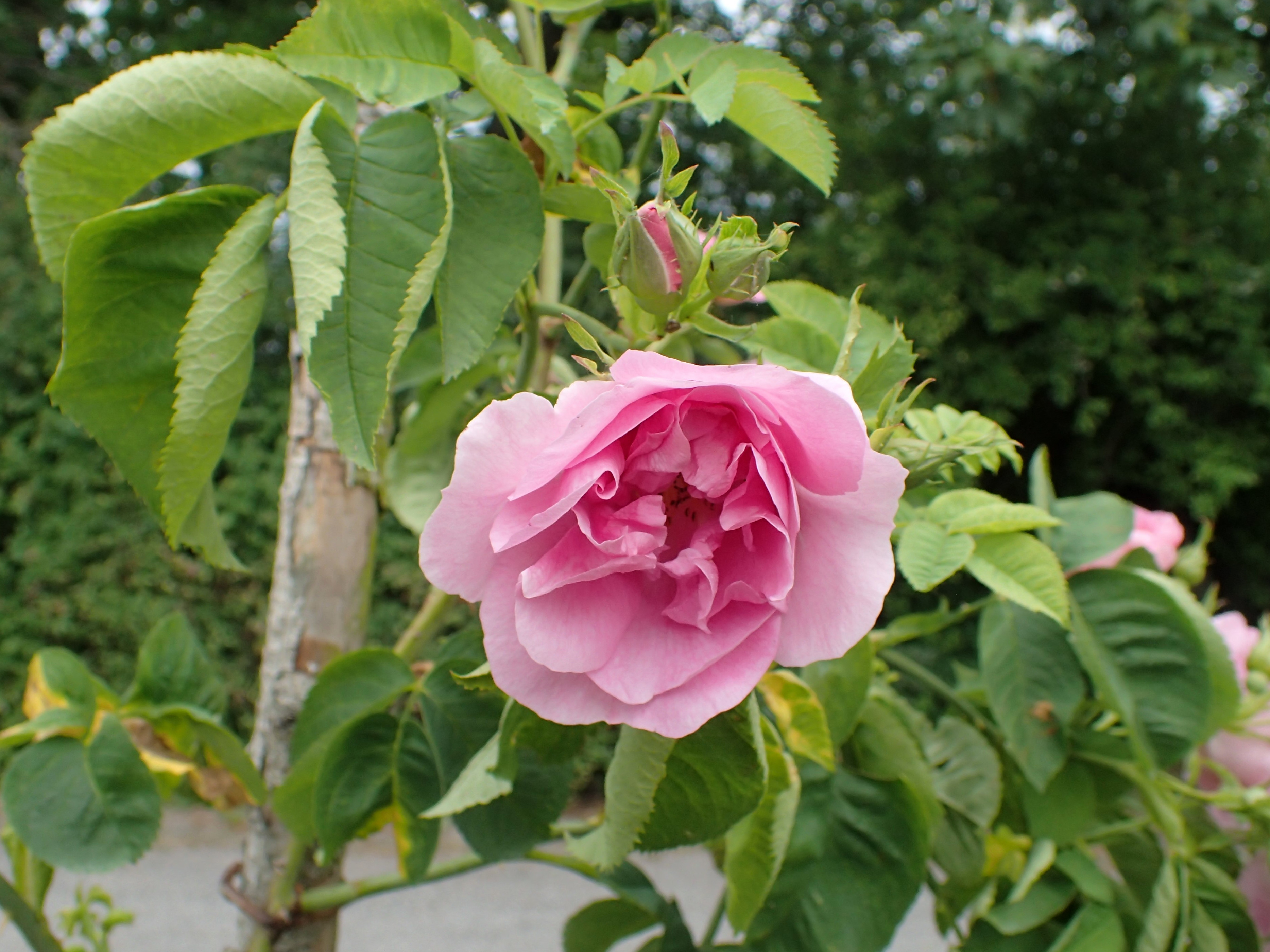
‘Virago’, Geschwind, 1887
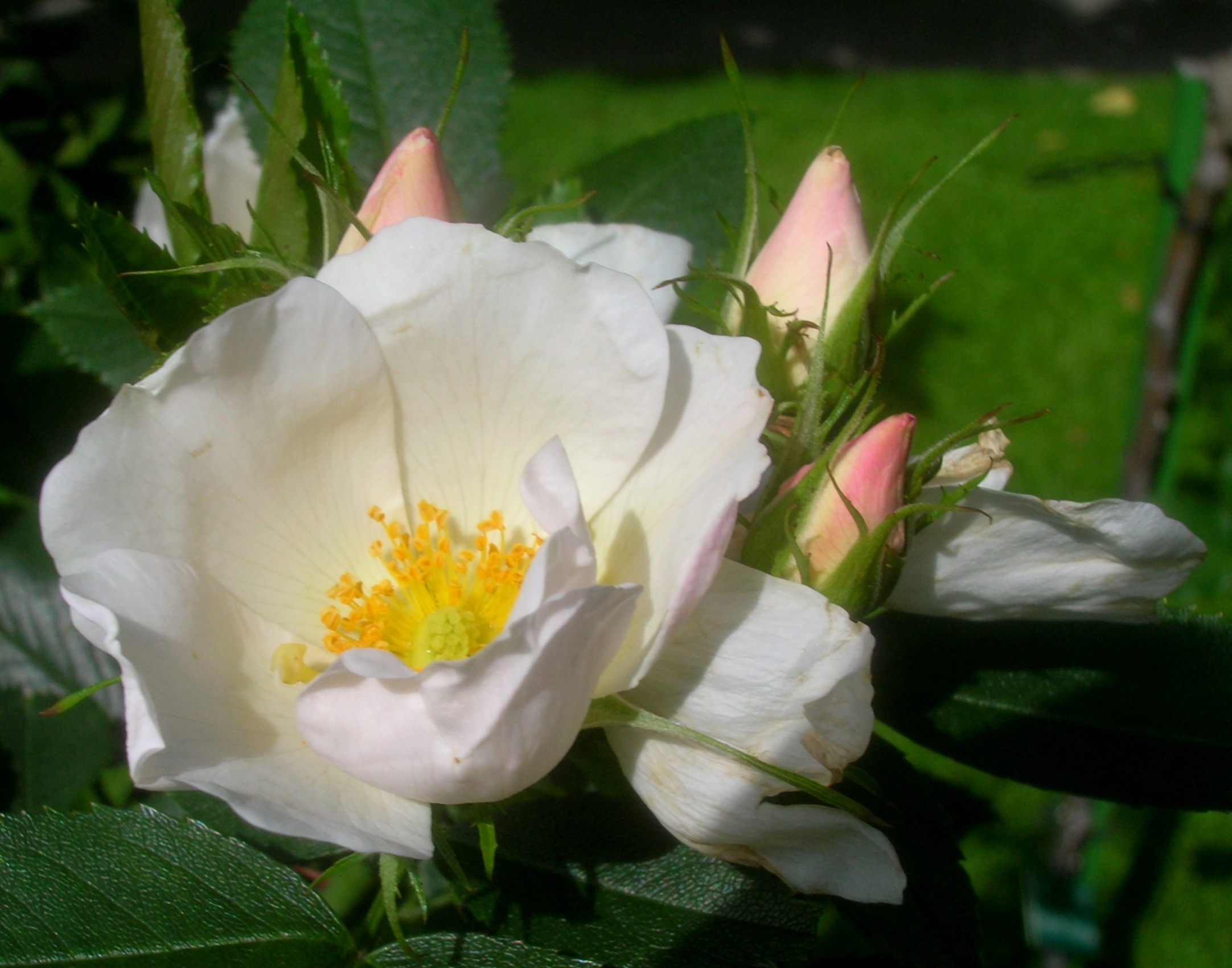
Virgo, Charles Mallerin, 1947
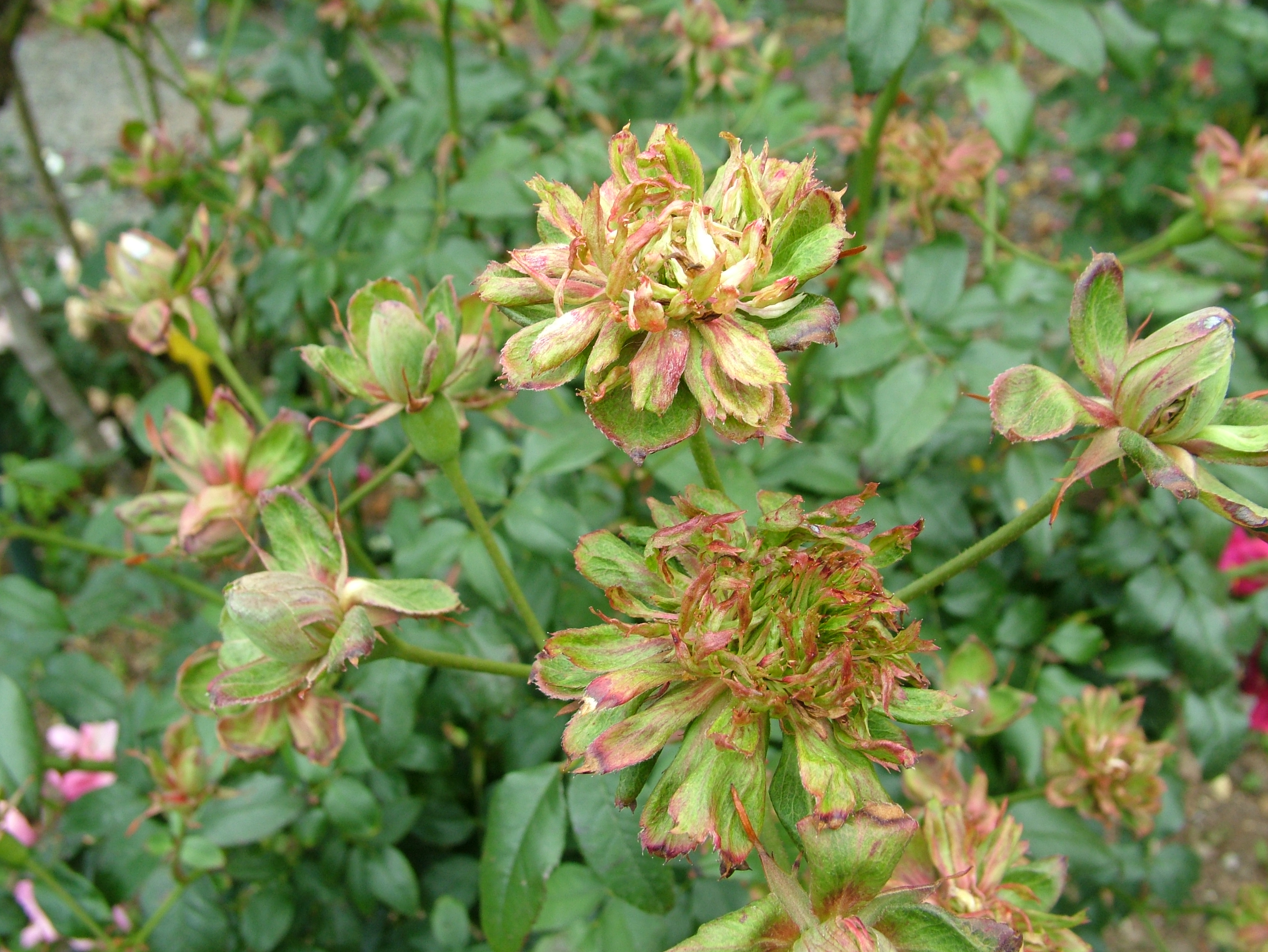
‘Viridiflora’, um 1833
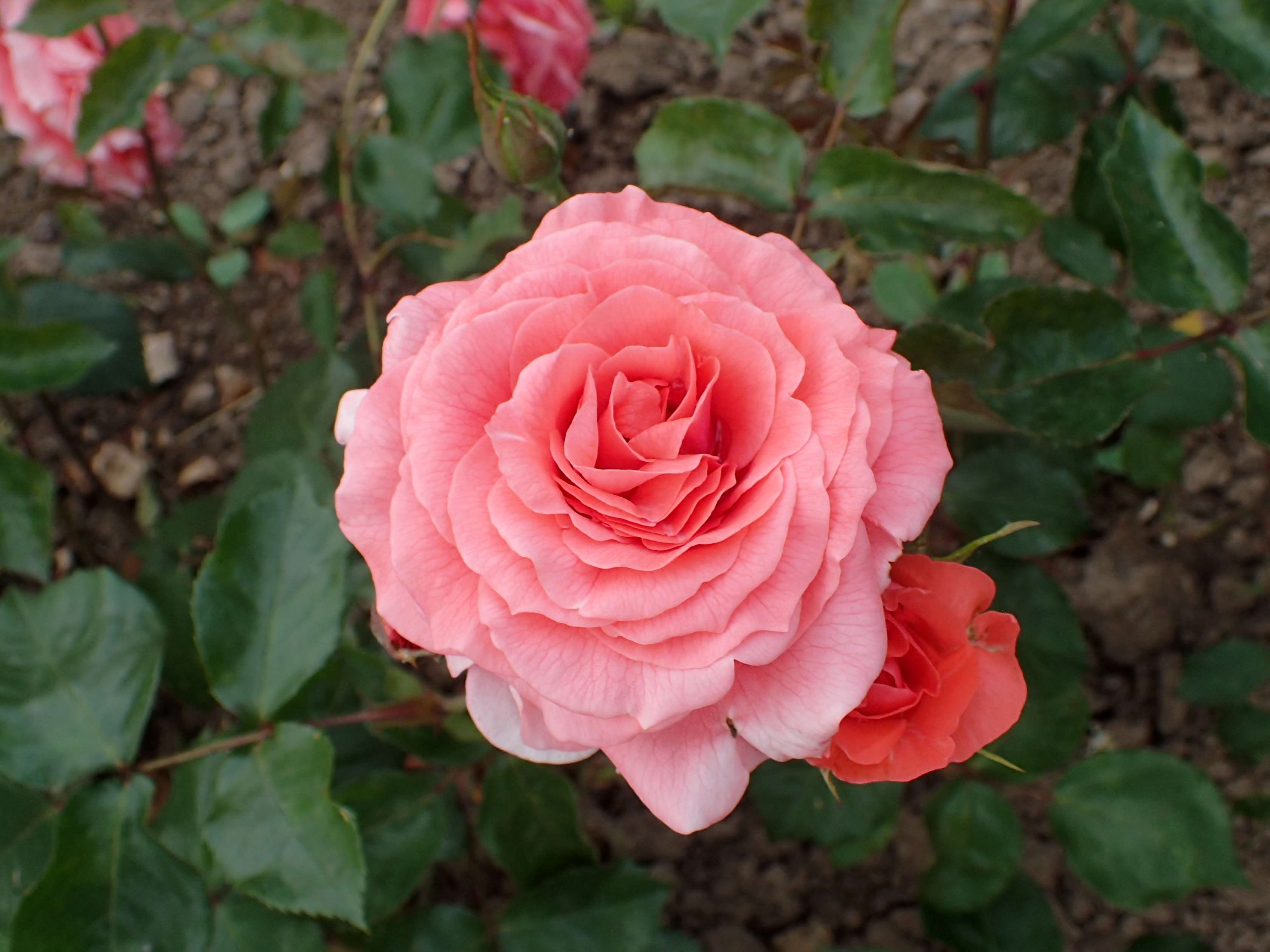
‘Vivarose’, Paul Croix, 1964
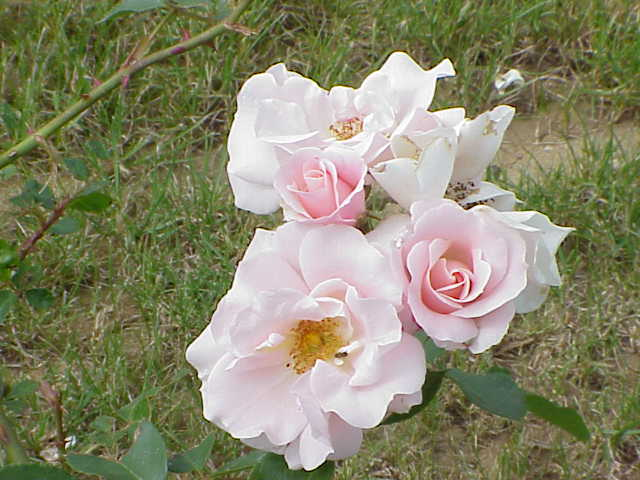
‘Vogelpark Walsrode’, Kordes, 1988
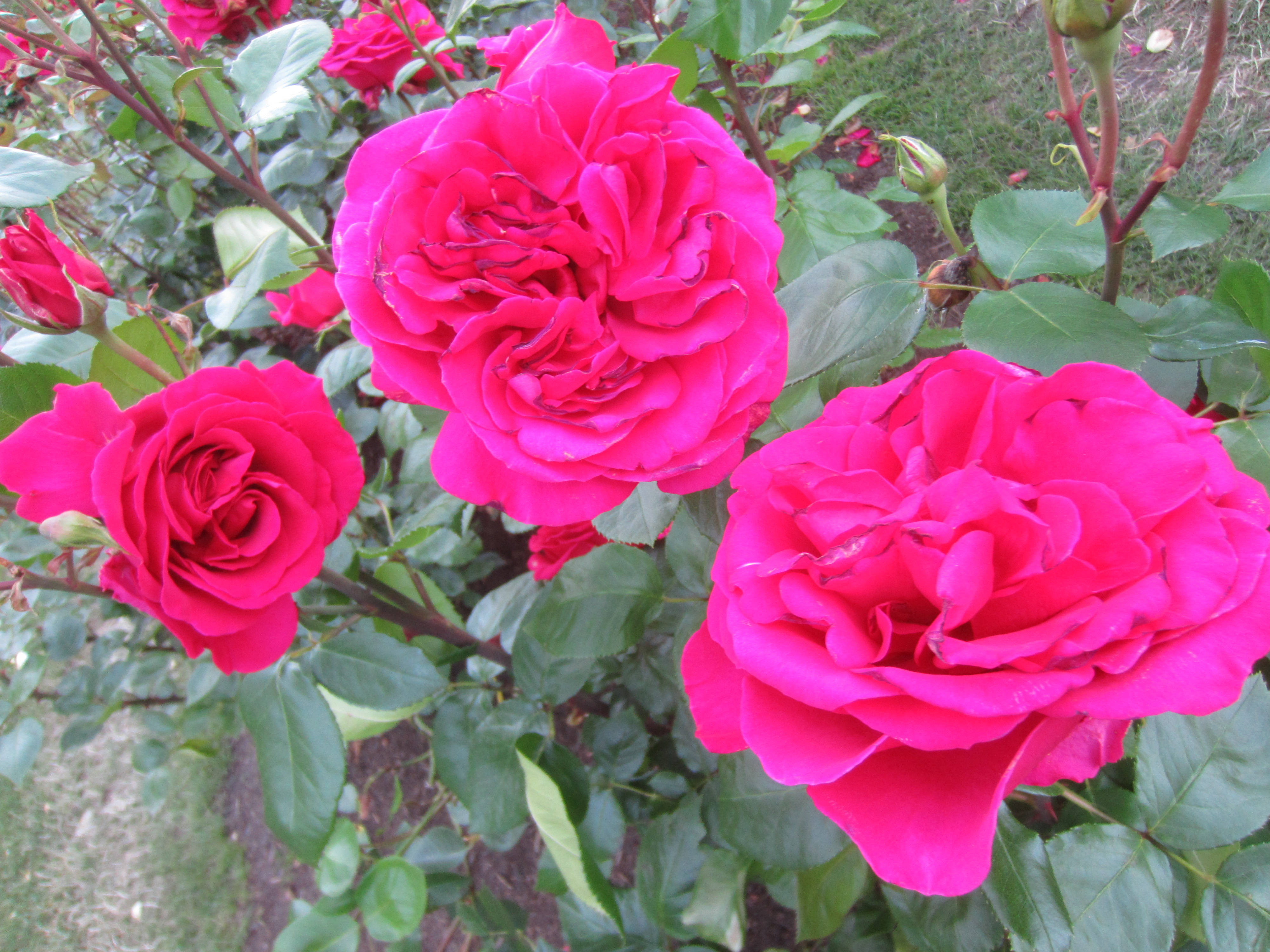
‘Voluptuous!’ (oder ‘Good Samaritan’), Zary / Jackson & Perkins, 2005
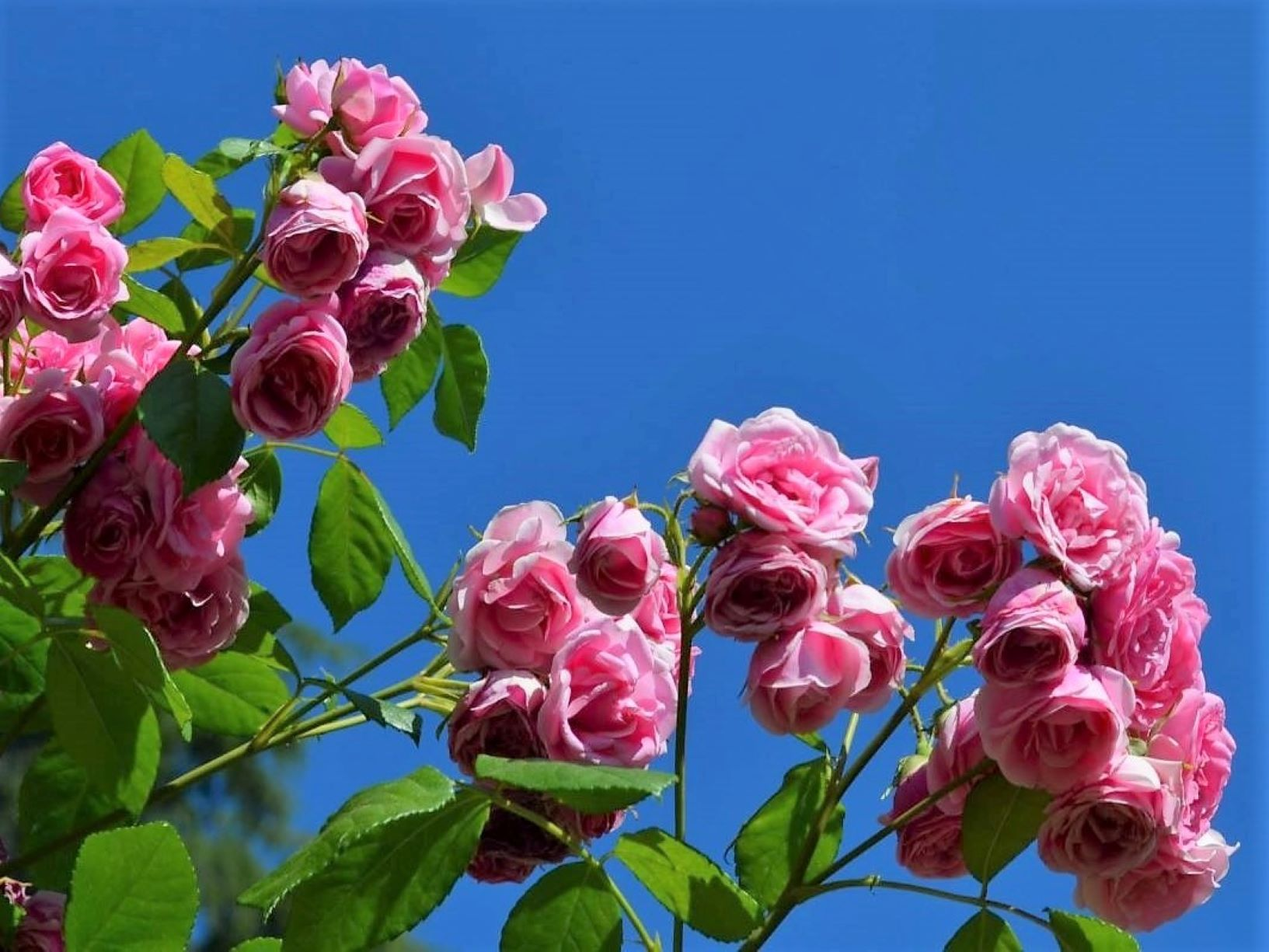
‘Volare’, Michel Adam, vor 2014
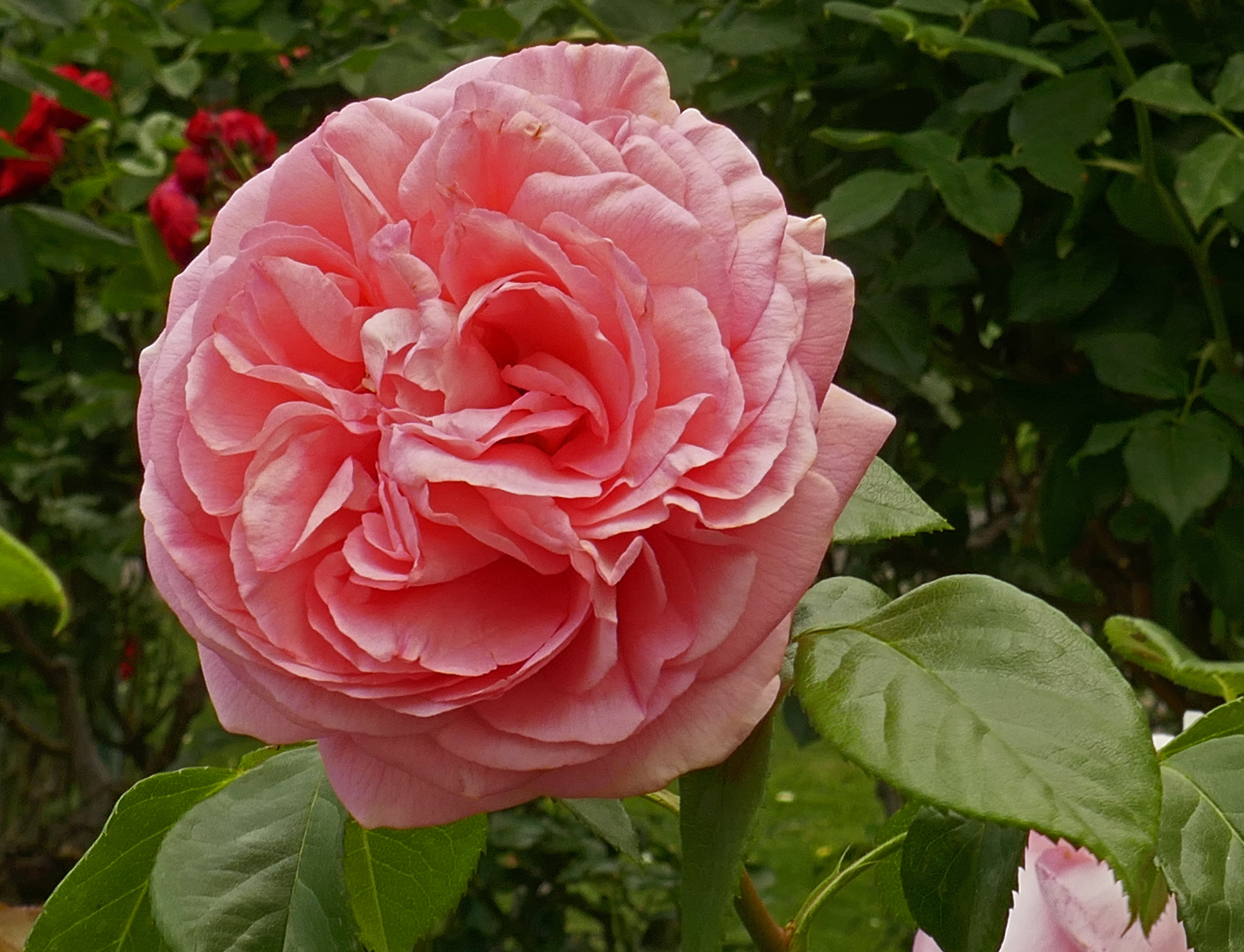
‘Voyage’, Tantau, 2013

## W

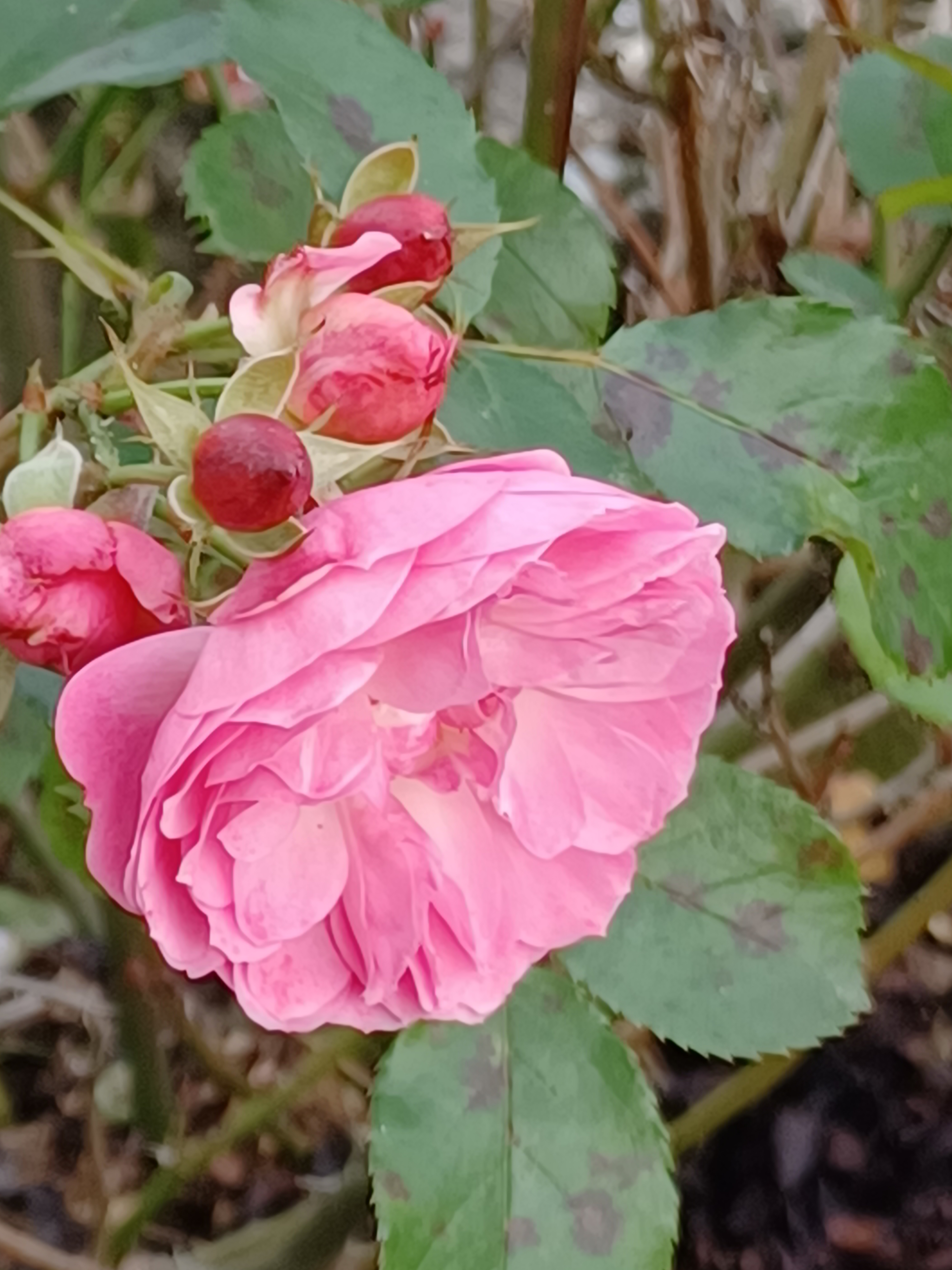
‘Walferdange’, Louis Lens, vor 1987
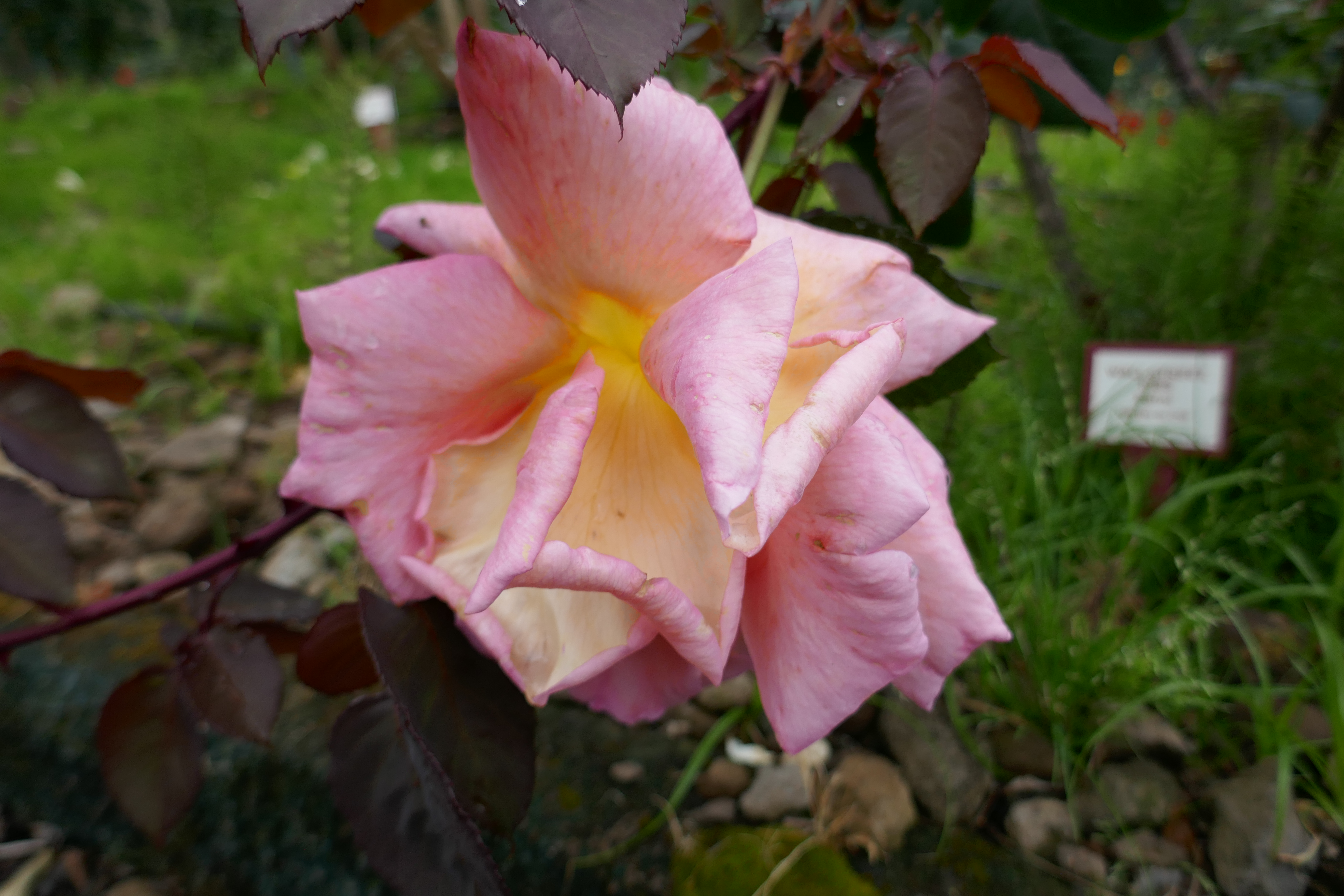
‘Wall Street’, Barni, 1998
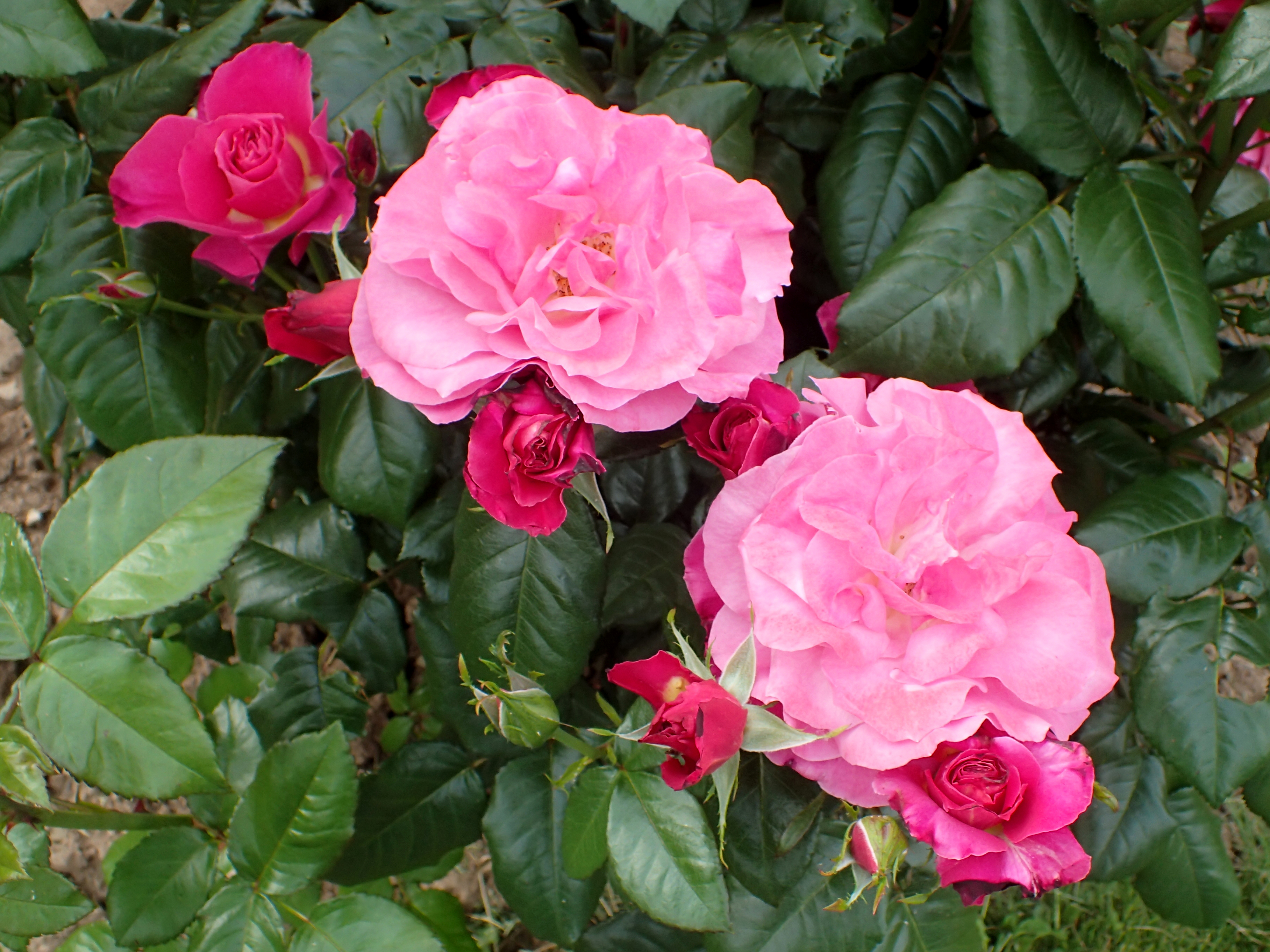
‘Walter Marquardt’, Wennmann, 1994
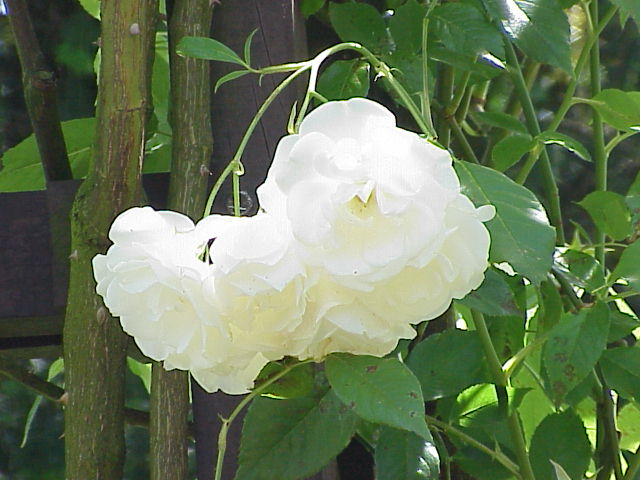
‘Walter Schultheis’, Kordes, ?
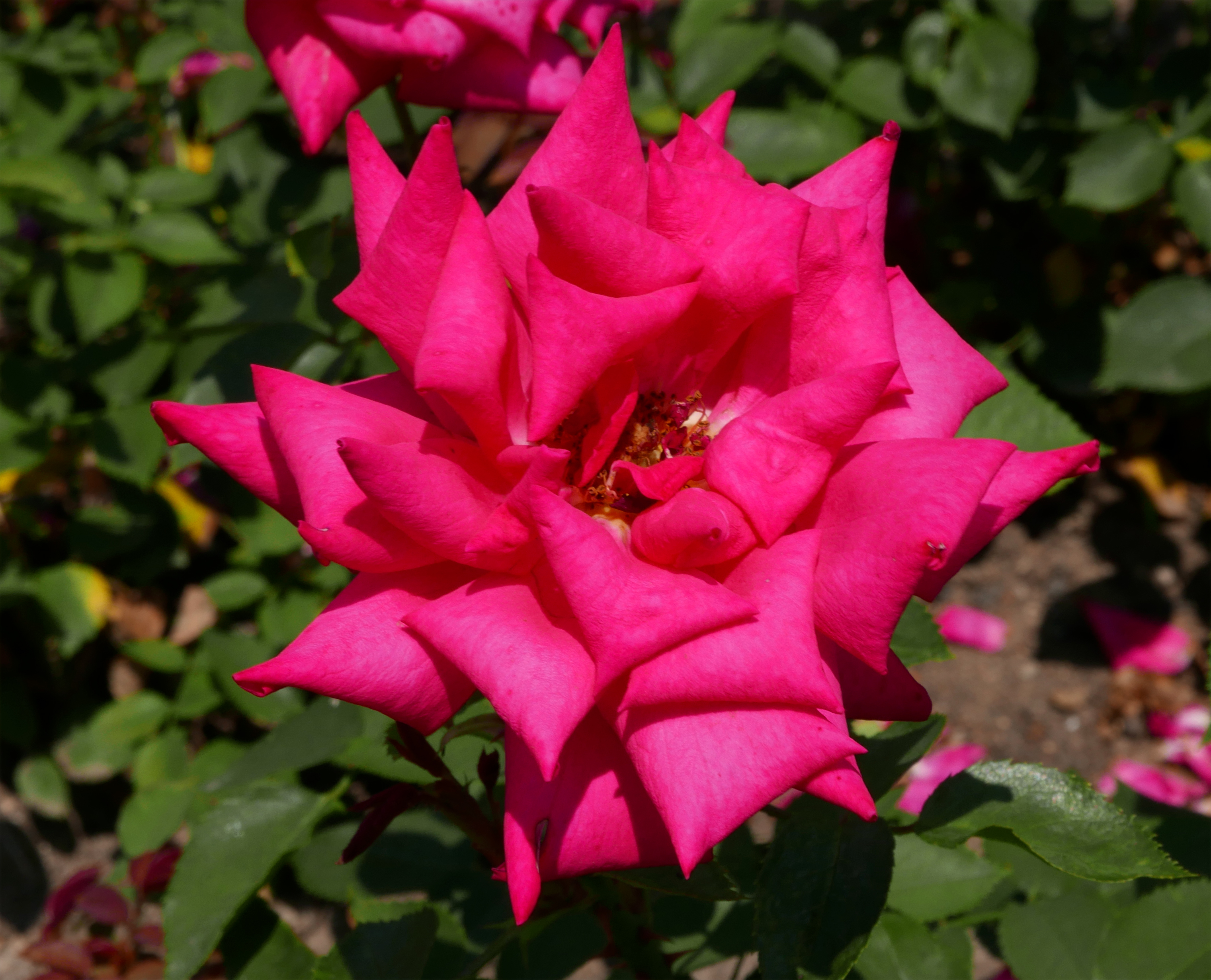
Walzerkönig Johann Strauss, Harkness, 1999
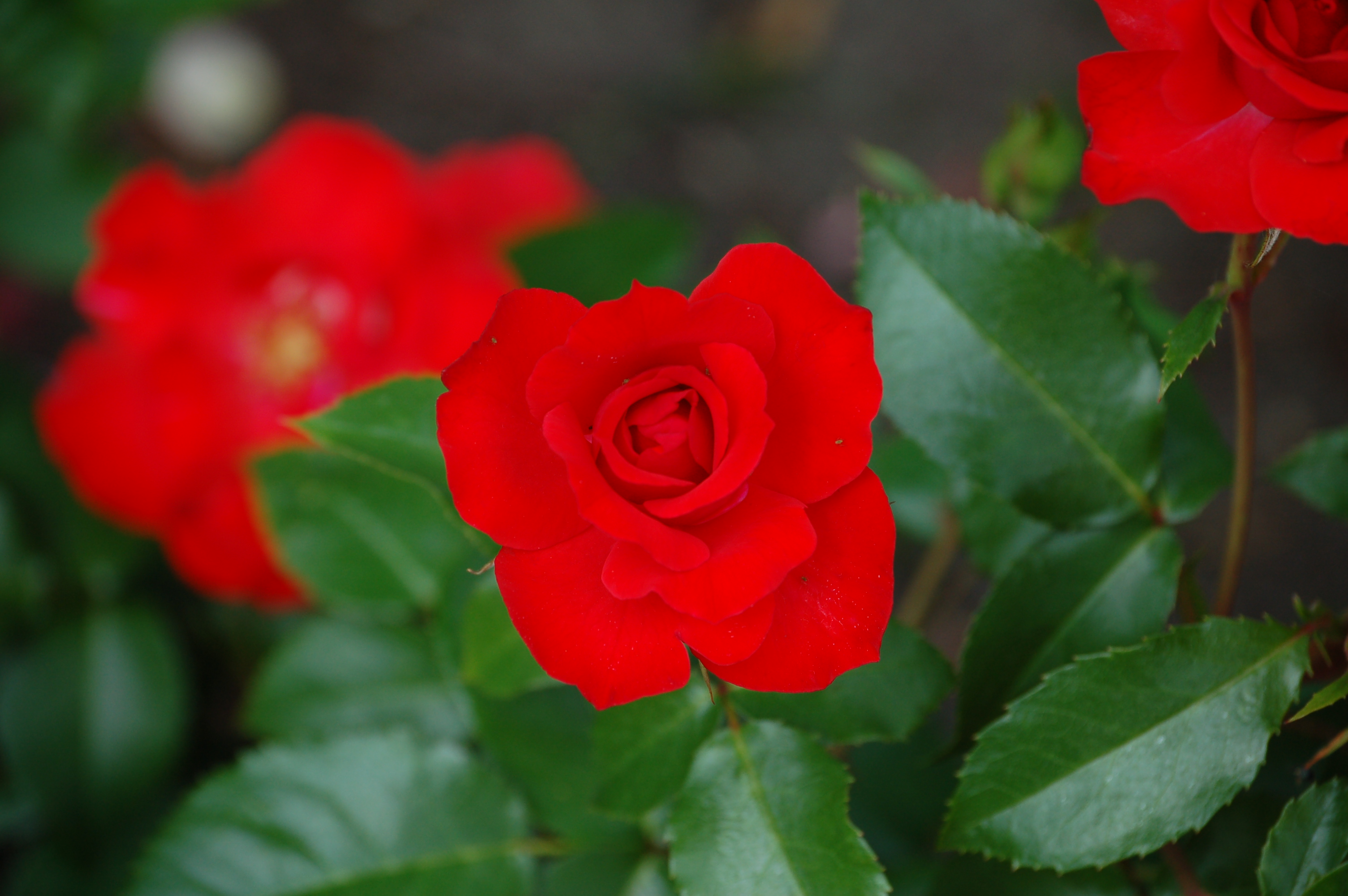
‘Walzertraum’, Tantau, 2003
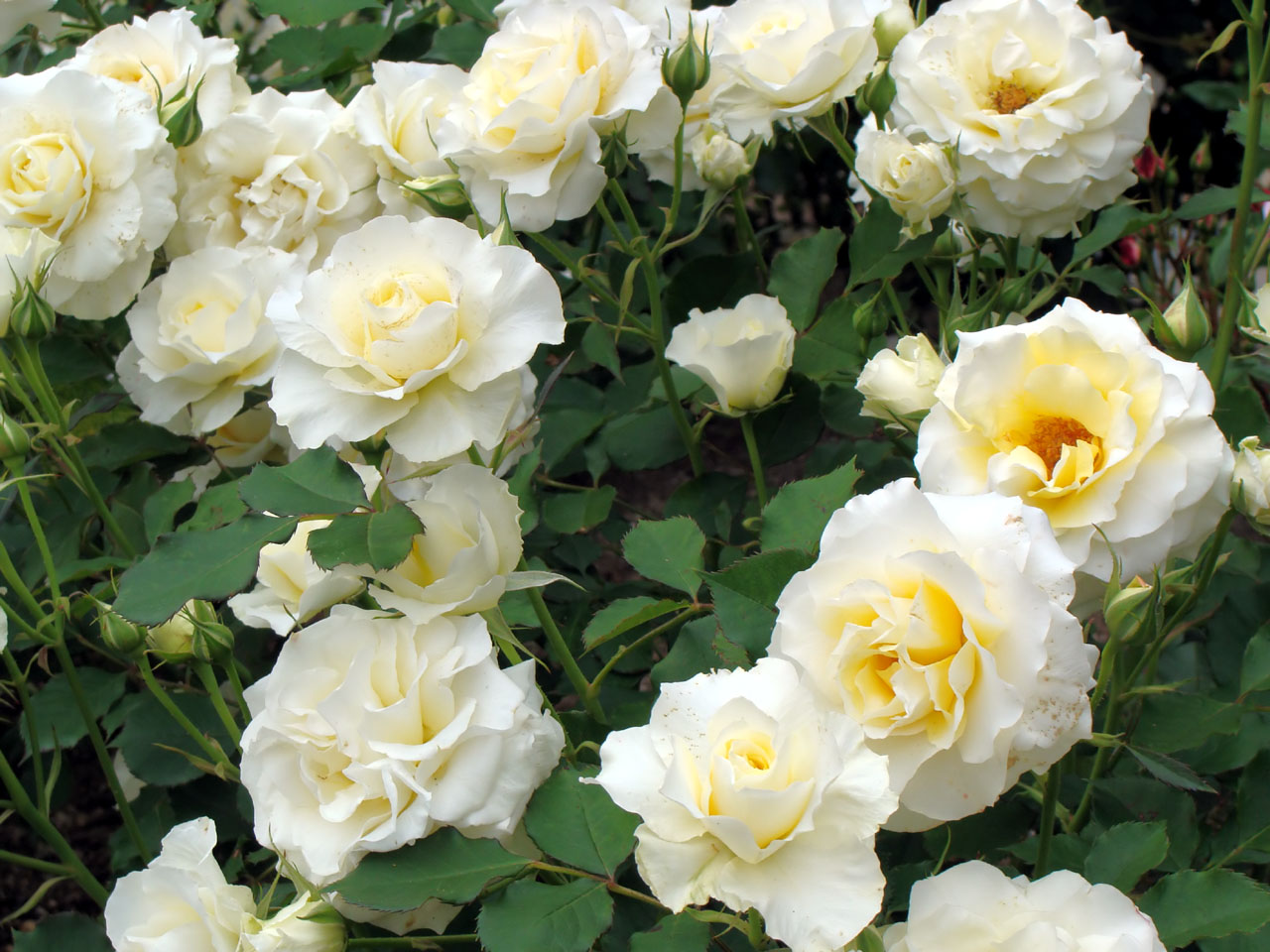
‘Waon’, Keisei Rose Nurseries Inc., 2004
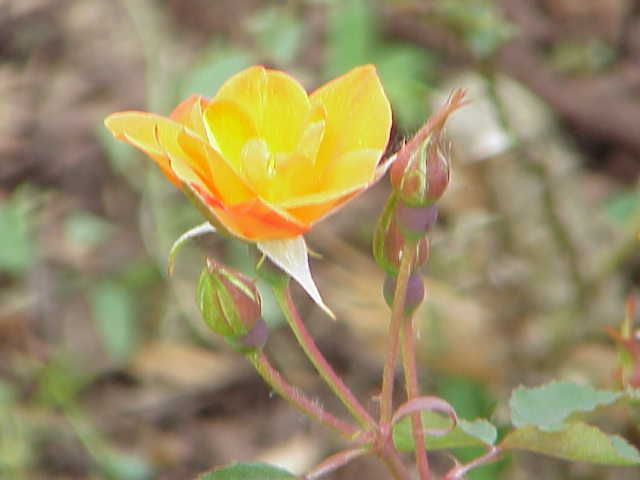
‘Warm Welcome’, Warner, 1994
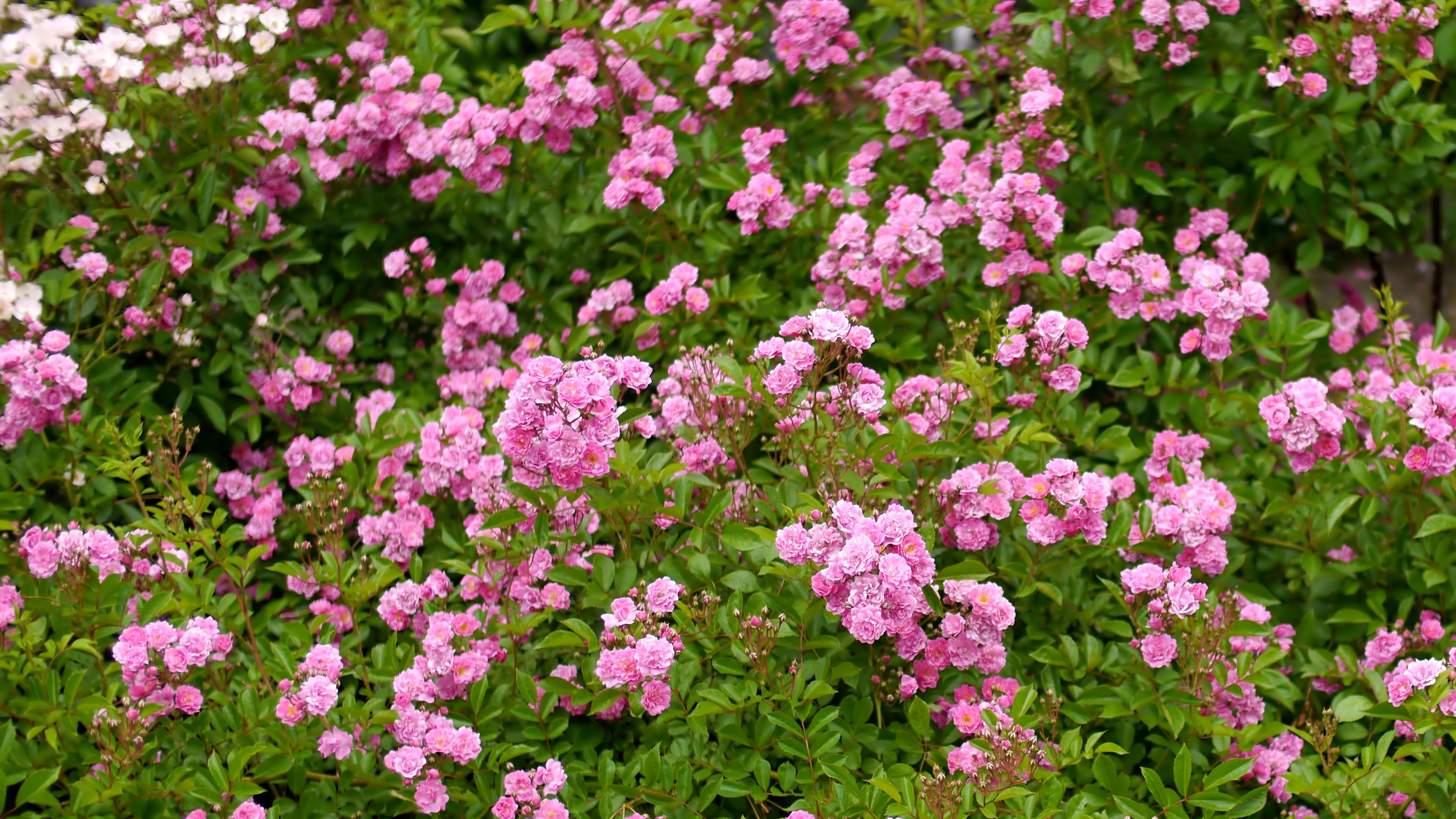
‘Wartburg’, Kiese, 1910
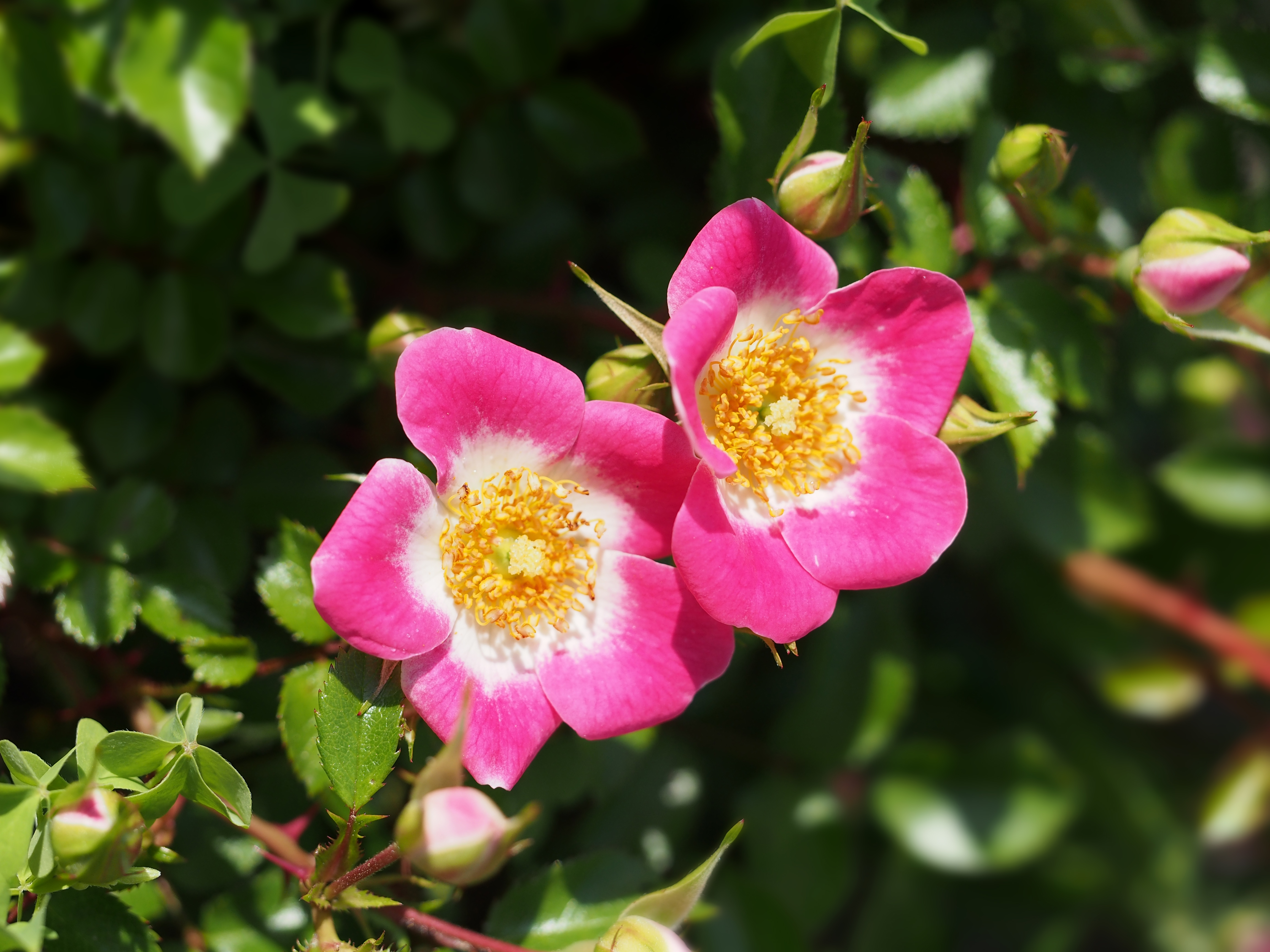
‘Warwickshire’, Kordes, 1991
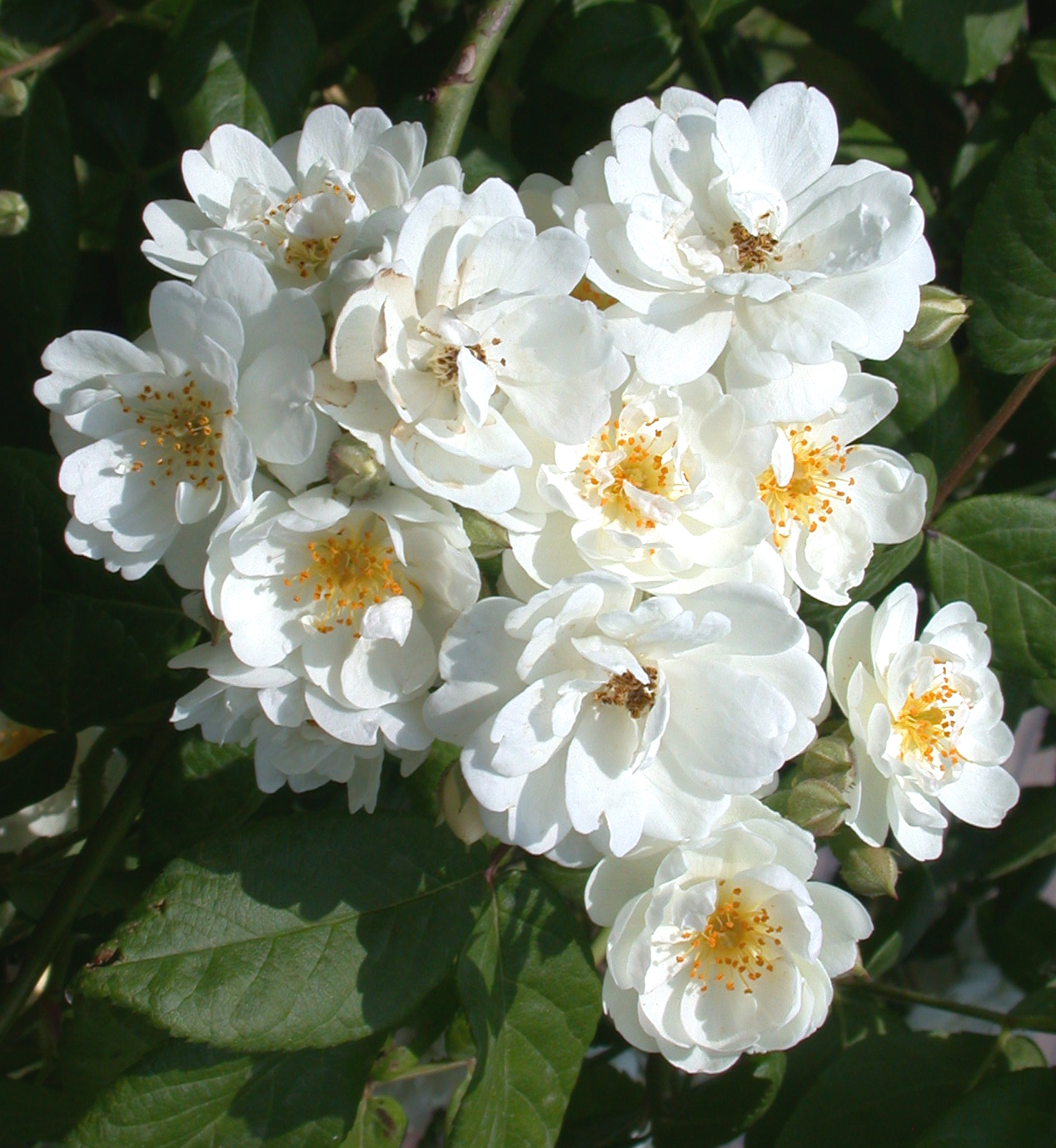
‘Waterloo’, Louis Lens, 1996
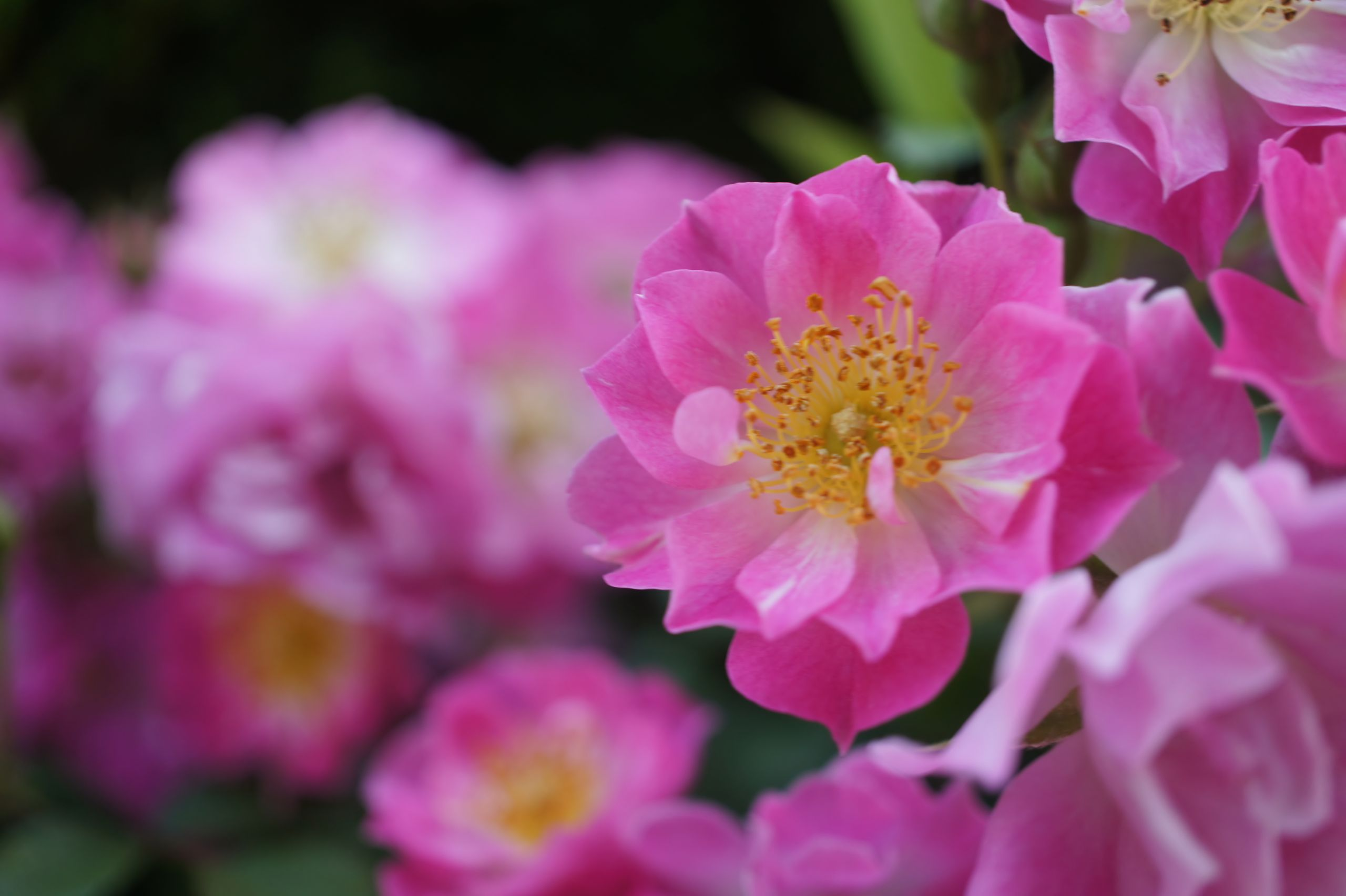
‘Watermelon Ice’, Keith W. Zary,  vor 1996
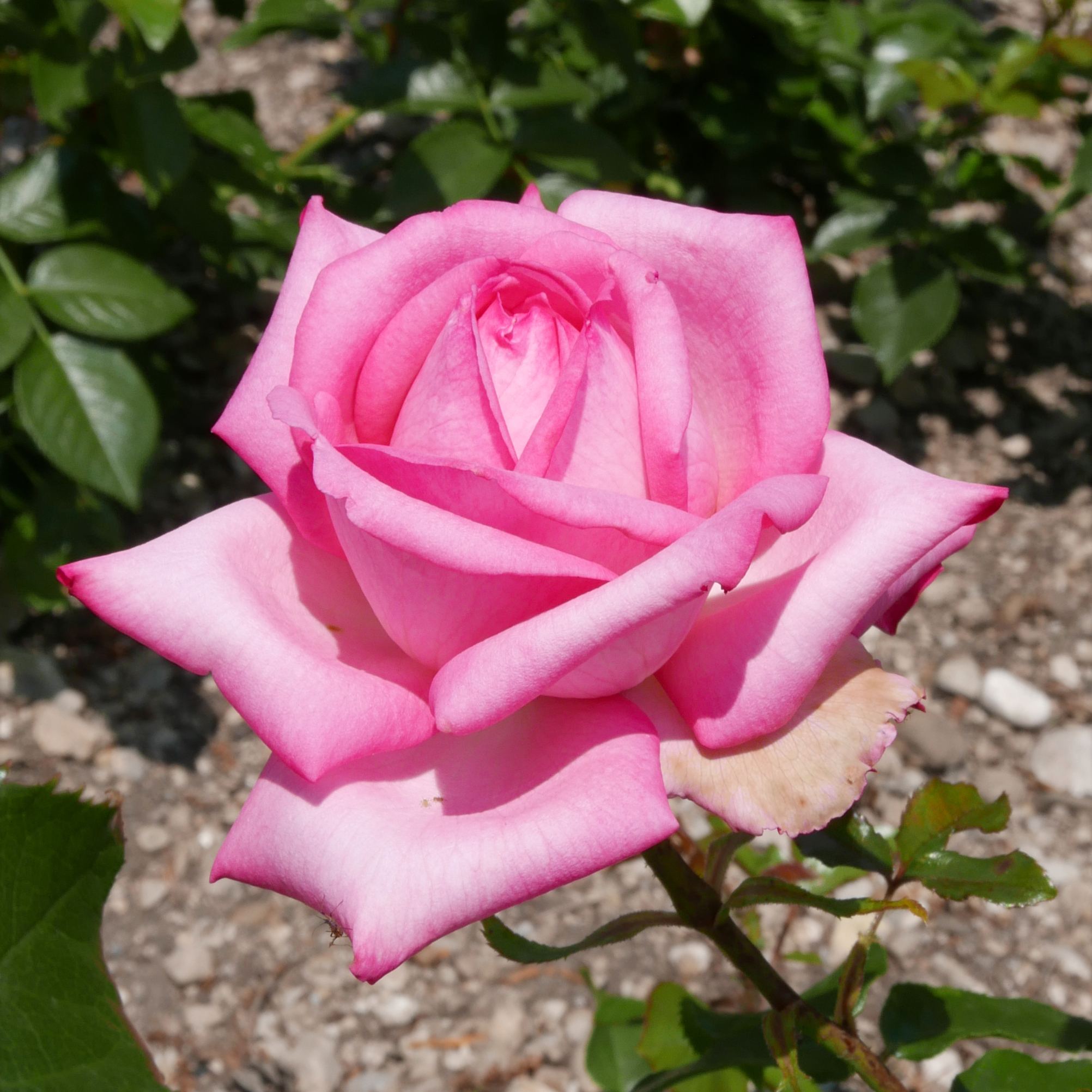
‘Wedding Bells’, Kordes, 2010
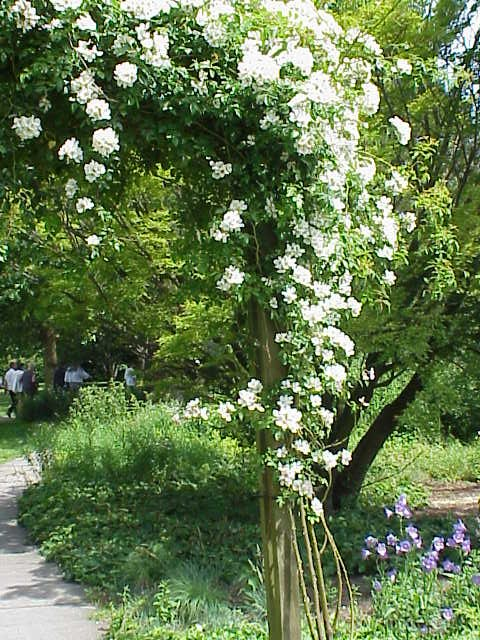
‘Wedding Day’, Stern, 1950
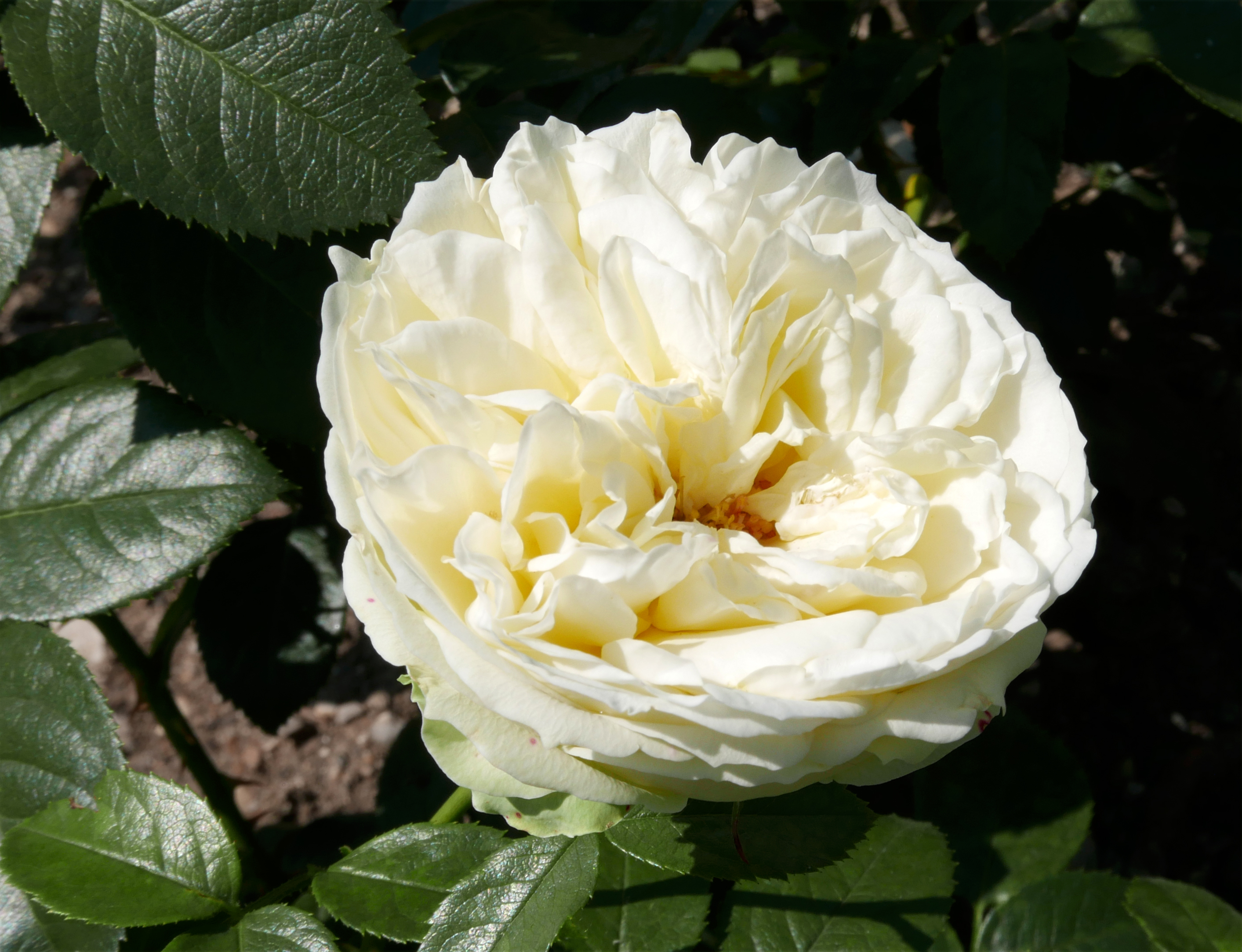
‘Wedding Piano’, Tantau, 2013
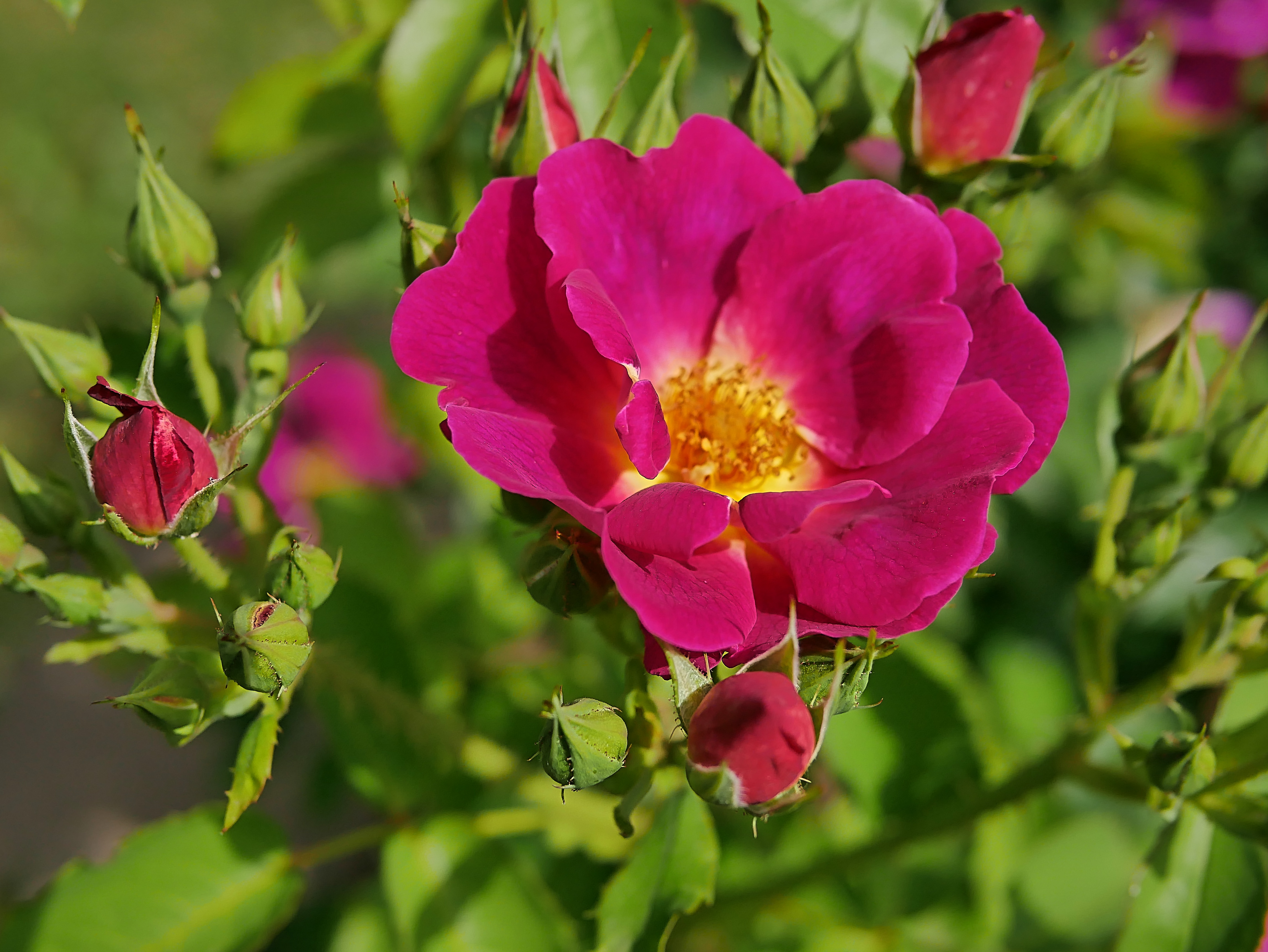
‘Weg der Sinne’, Kordes
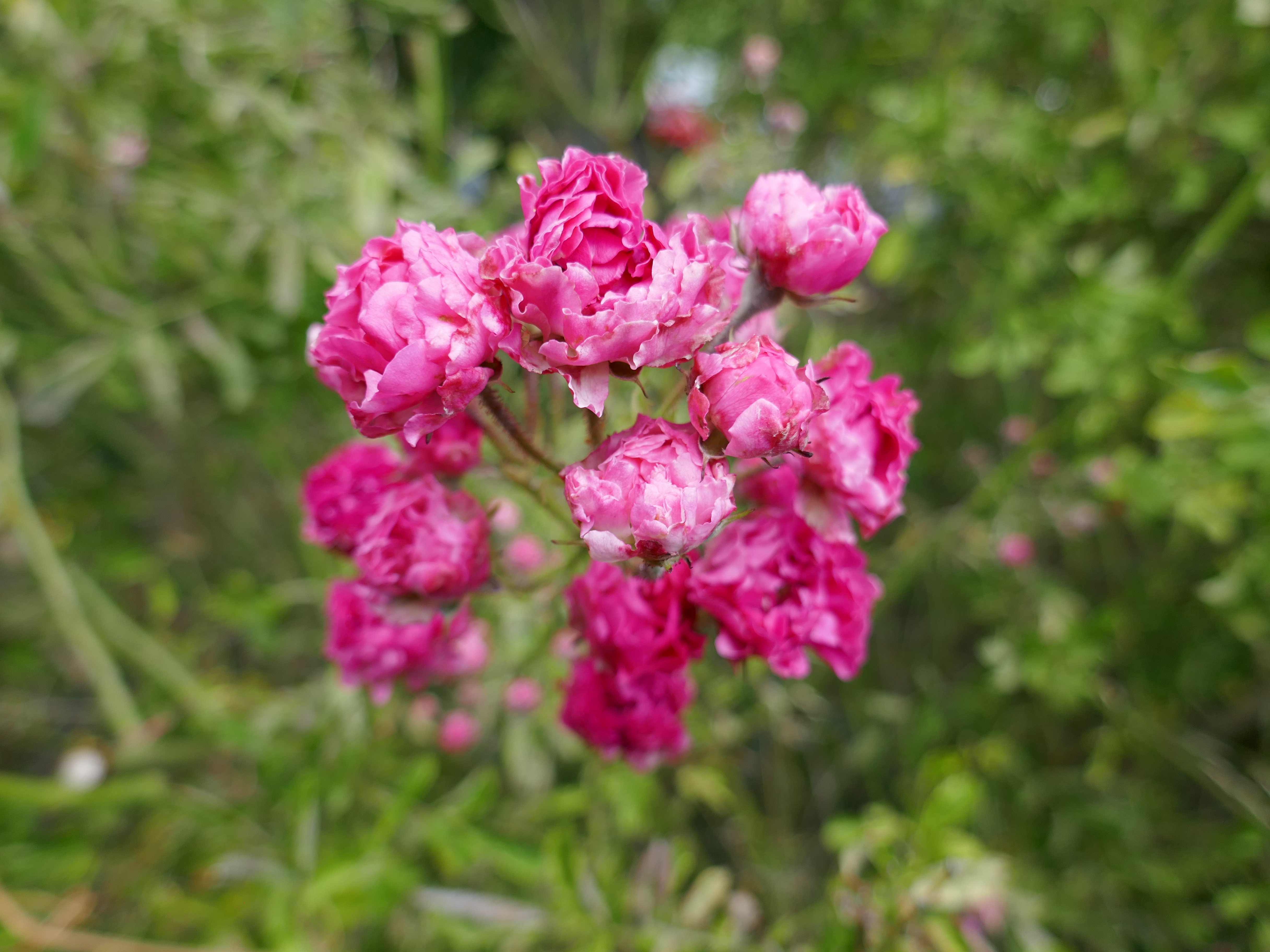
‘Wehrinsel’, W. Berger, 1959
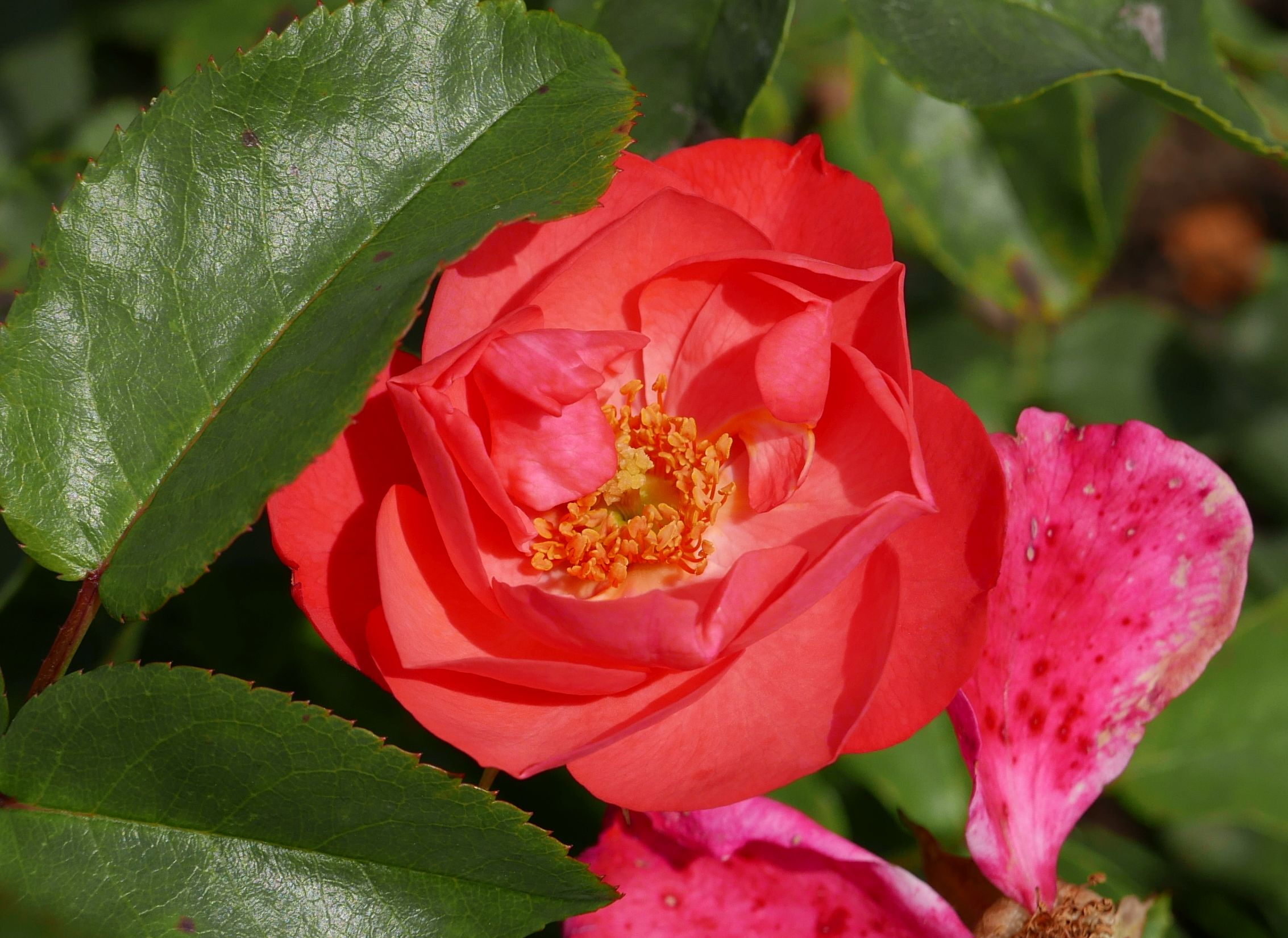
‘Weidauer Mädel’, Wänninger, 1997
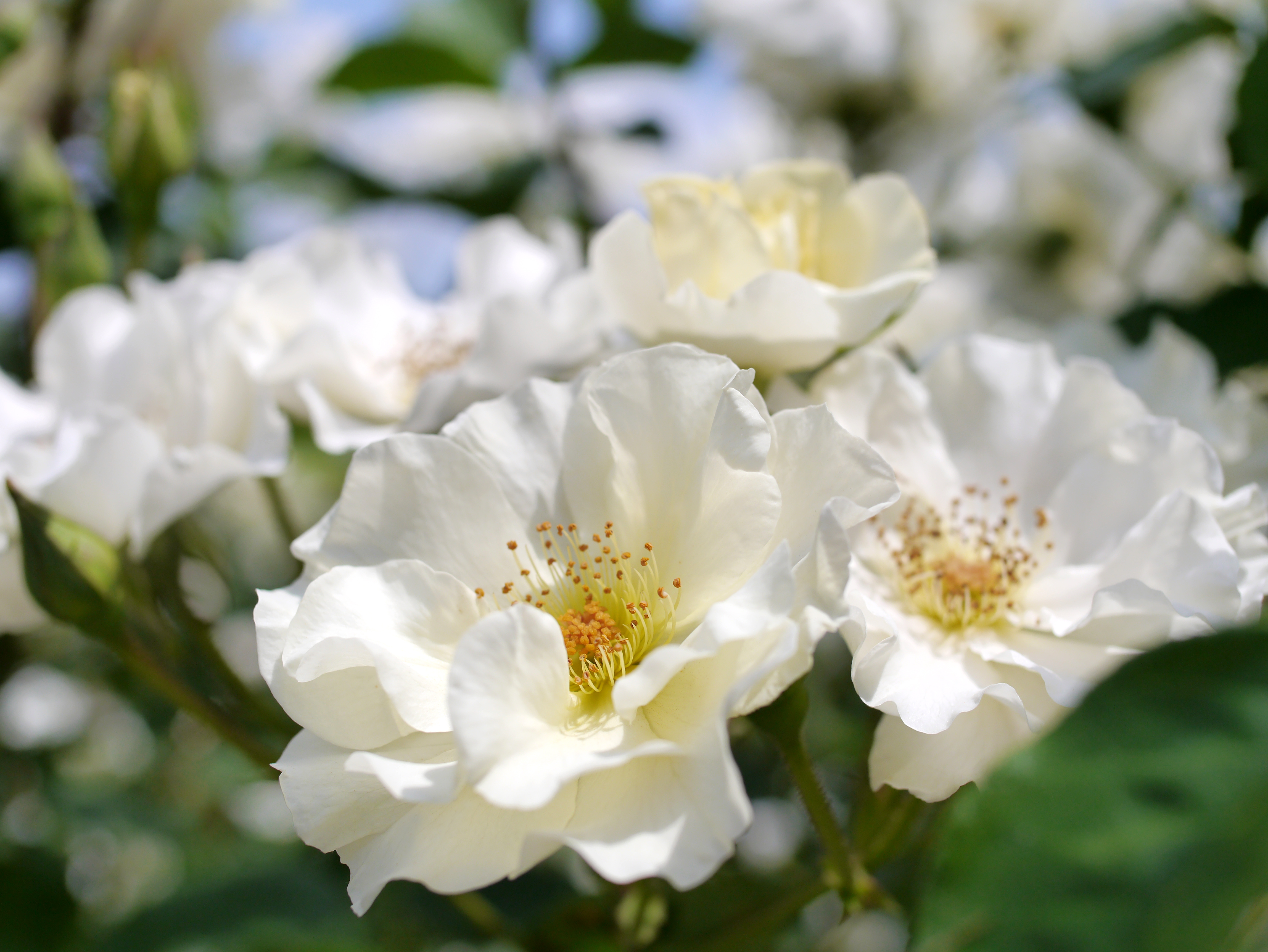
‘Weiße aus Sparrieshoop’, Kordes, 1962
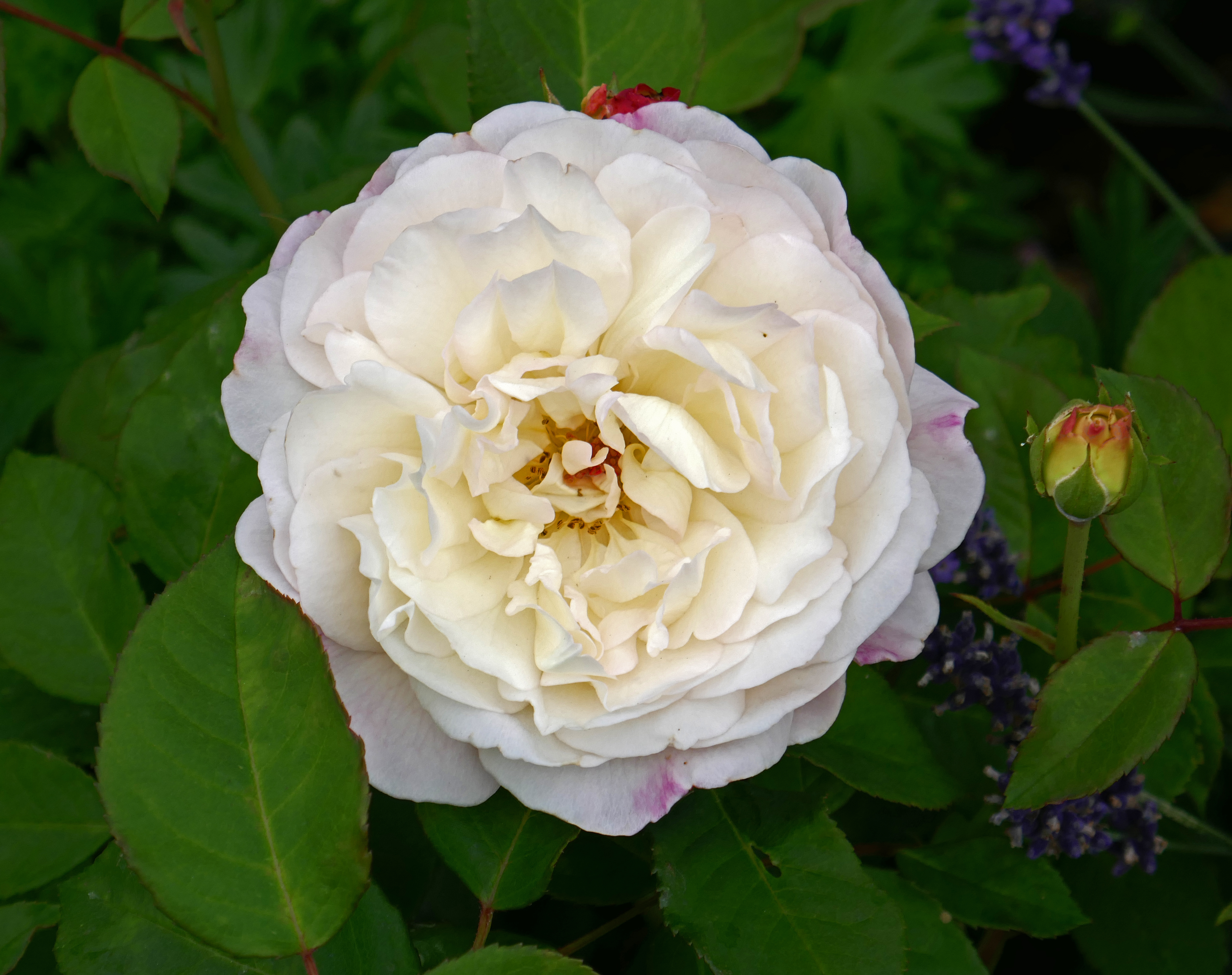
‘Weiße Gruß an Aachen’, Vogel, 1944
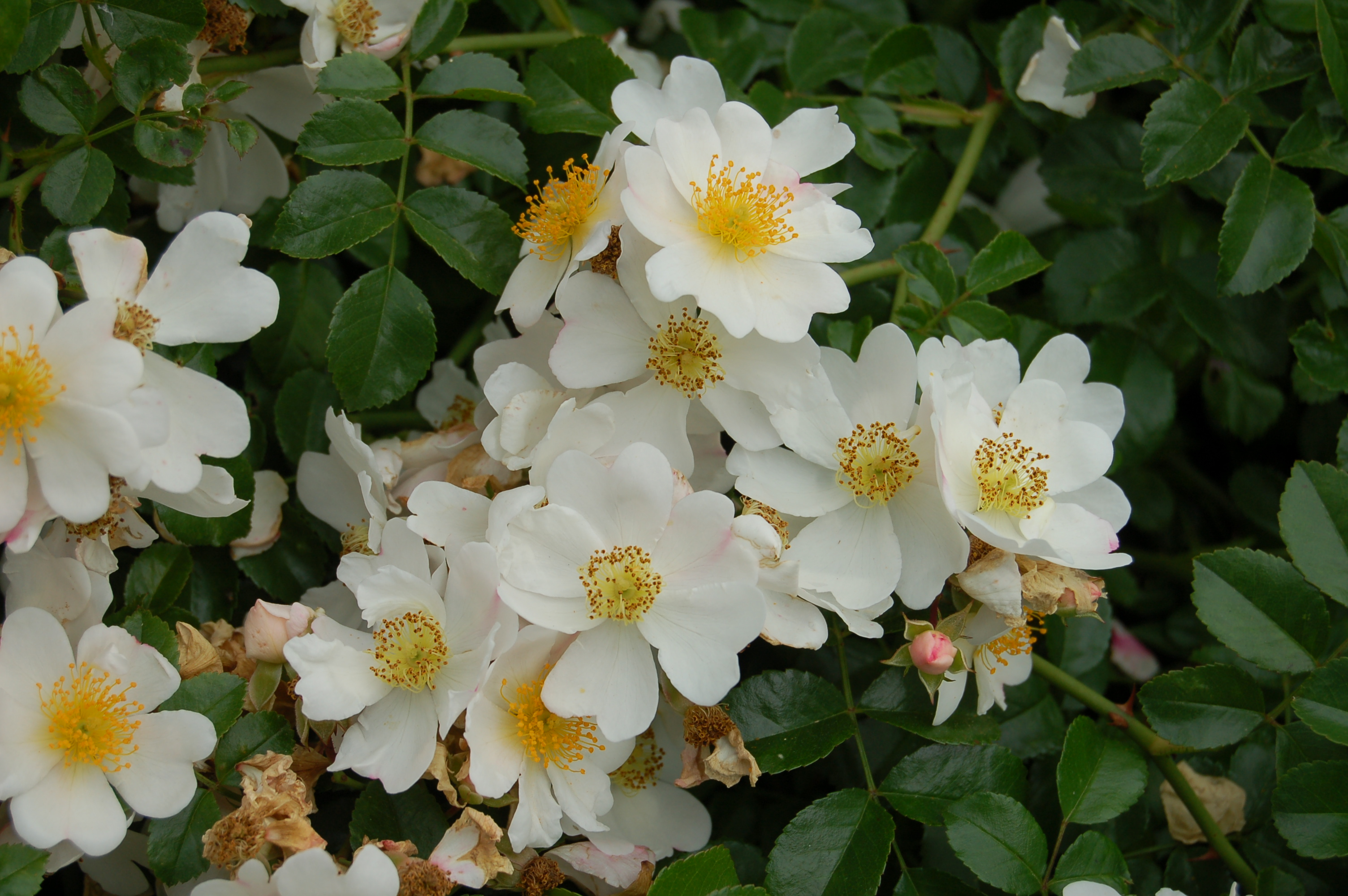
‘Weiße Immensee’, Kordes, 1982
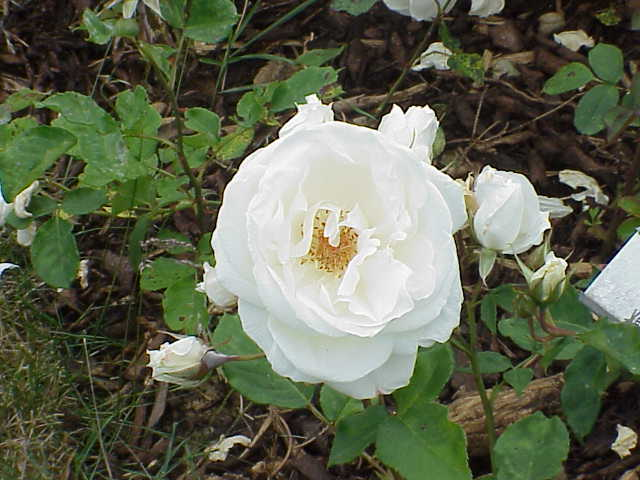
‘Weißer Engel’, Verschuren, 1966
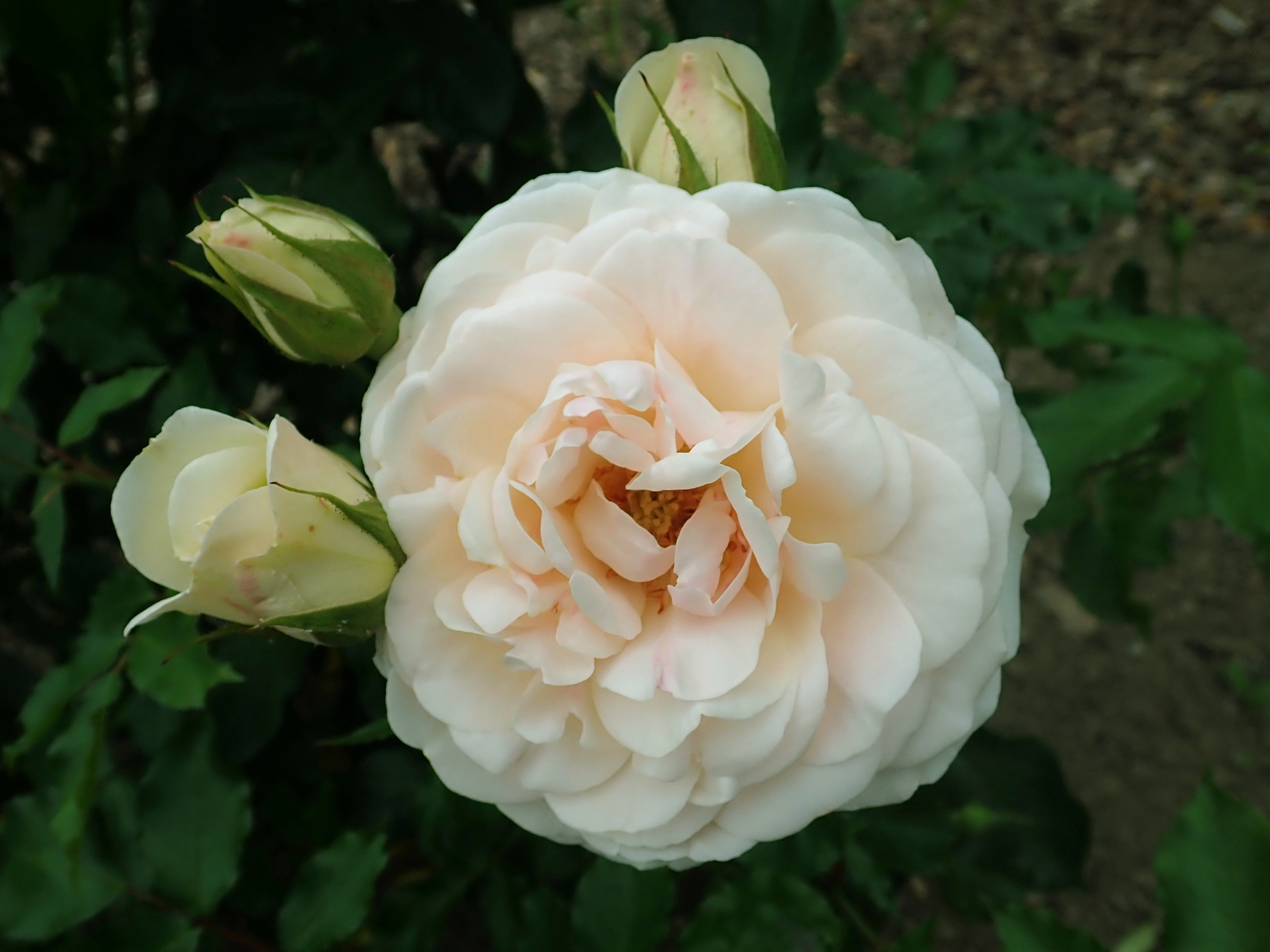
‘Weißer Hirsch’, Dr. Schmadlak, 1966
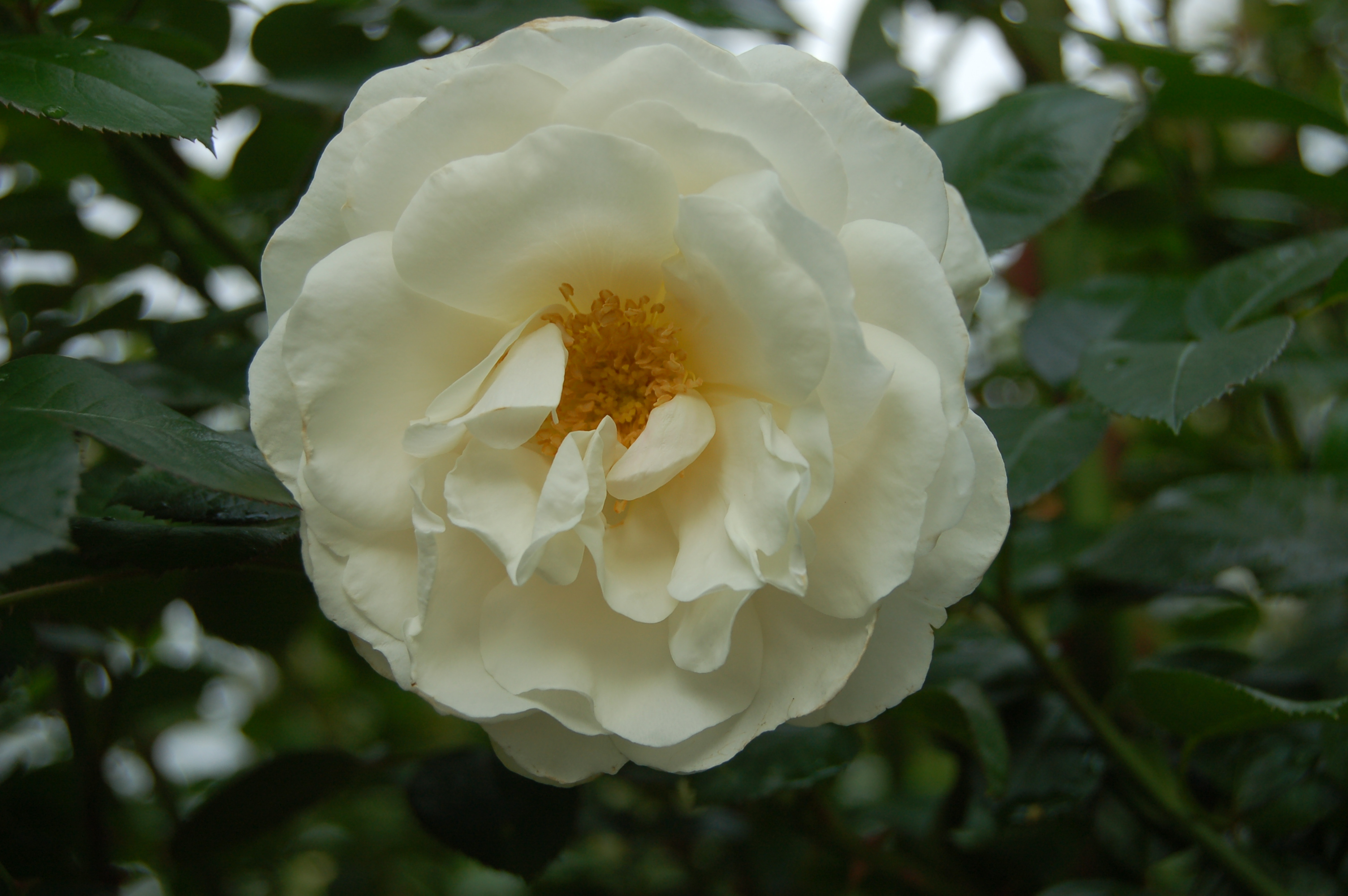
‘Weiße Wolke’, Kordes, 1998
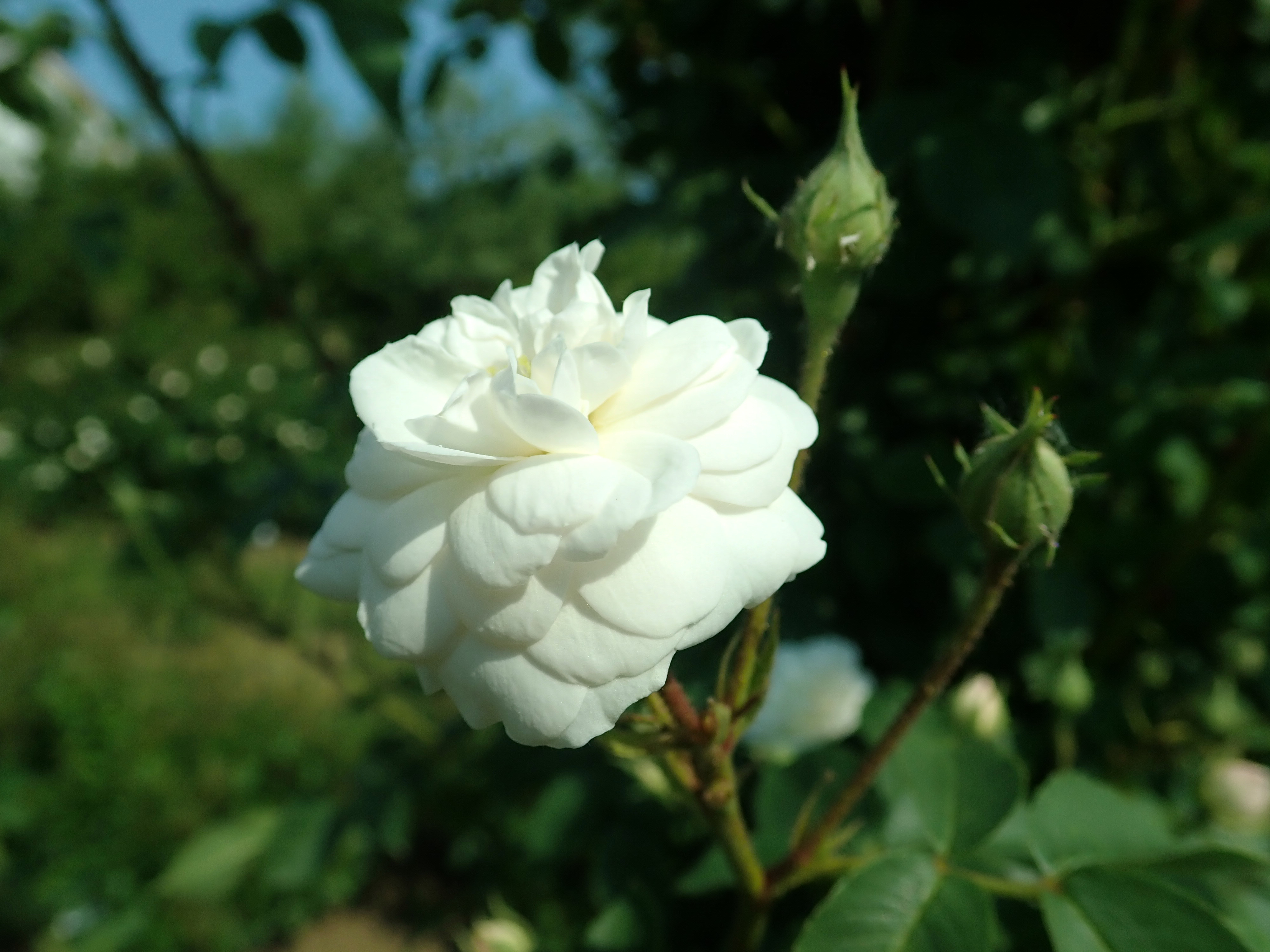
‘Wells’ White Climber’, (auch: ‘Mme. d’Arbley’), William Wells, 1835
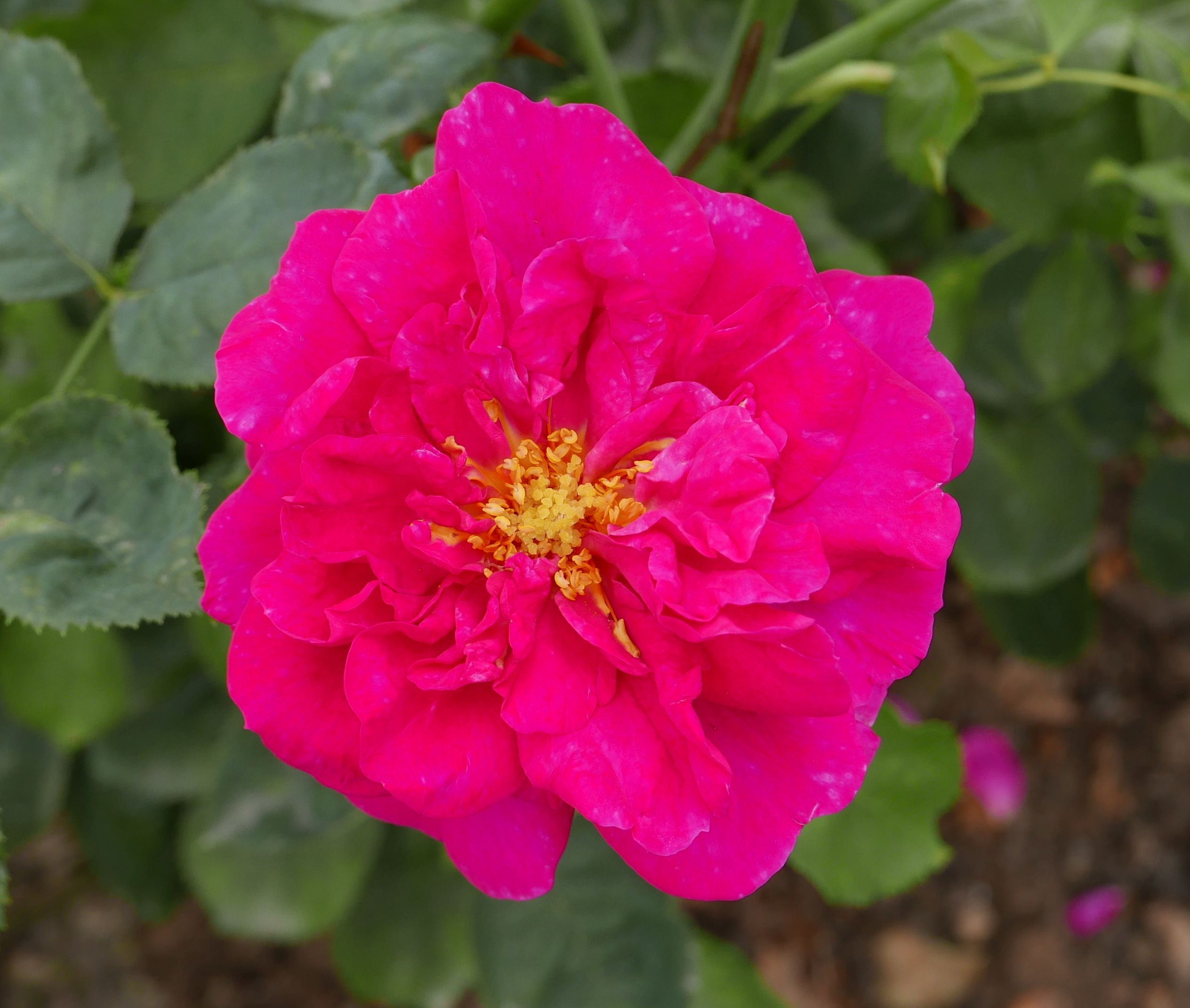
‘Wenlock’, Austin, 1984
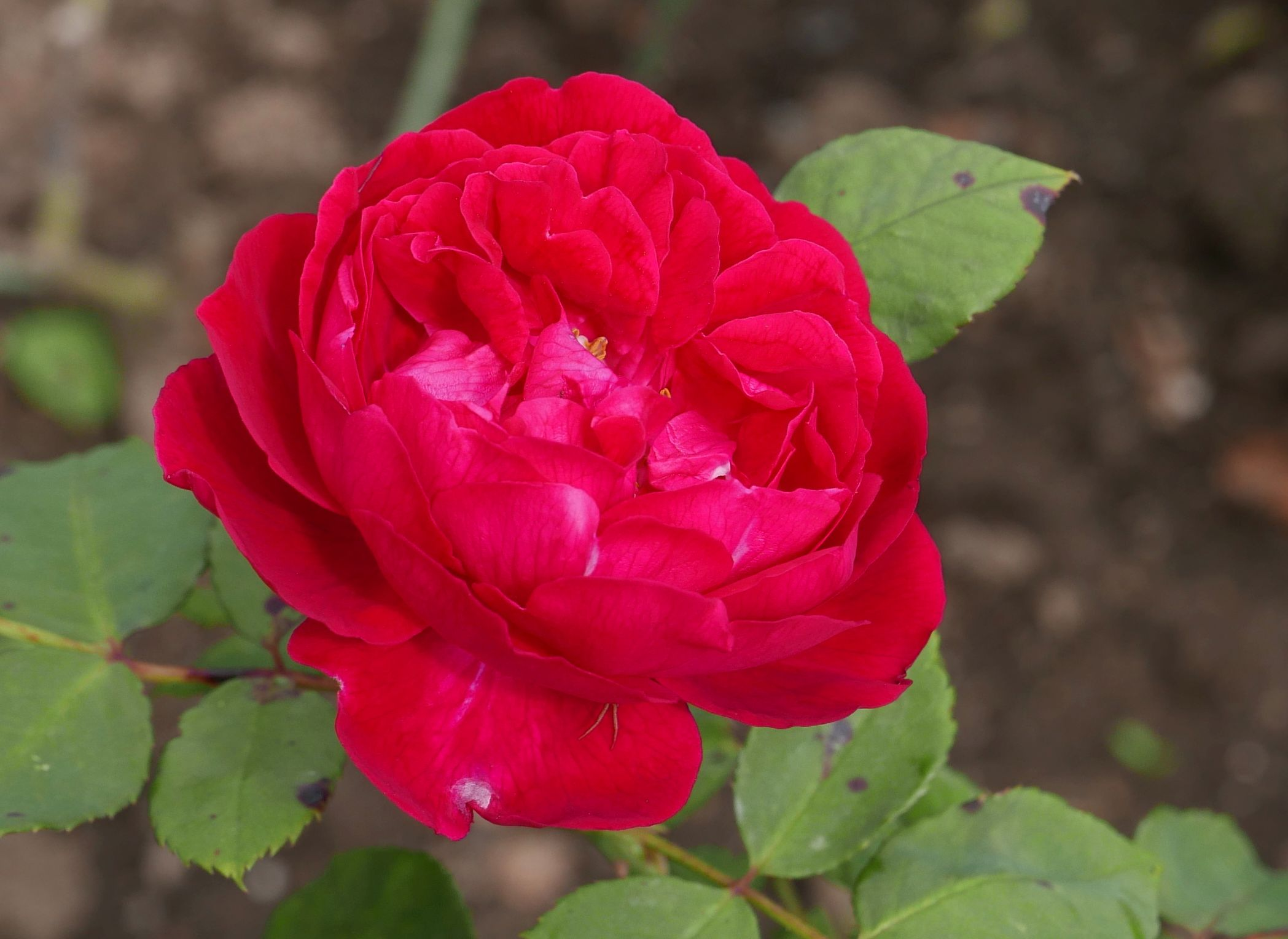
‘Wenzel Geschwind’, Geschwind, 1902
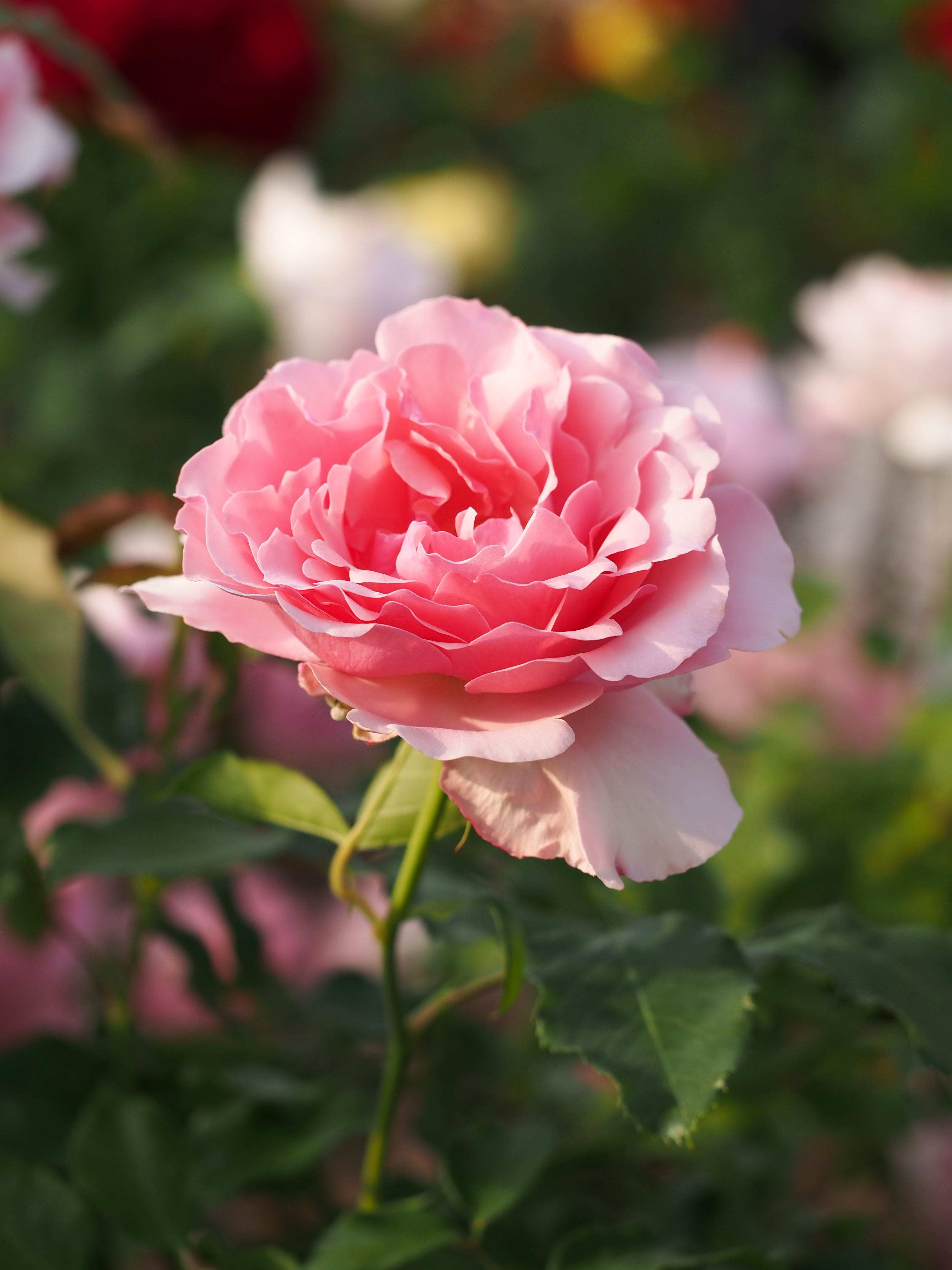
‘Westcoast’ (oder ‘Penthouse’), Samuel Darragh McGredy IV, 1986
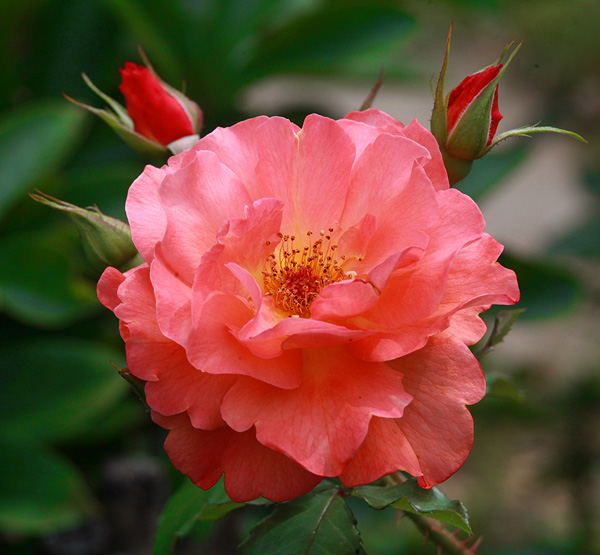
‘Westerland’, Kordes, 1960
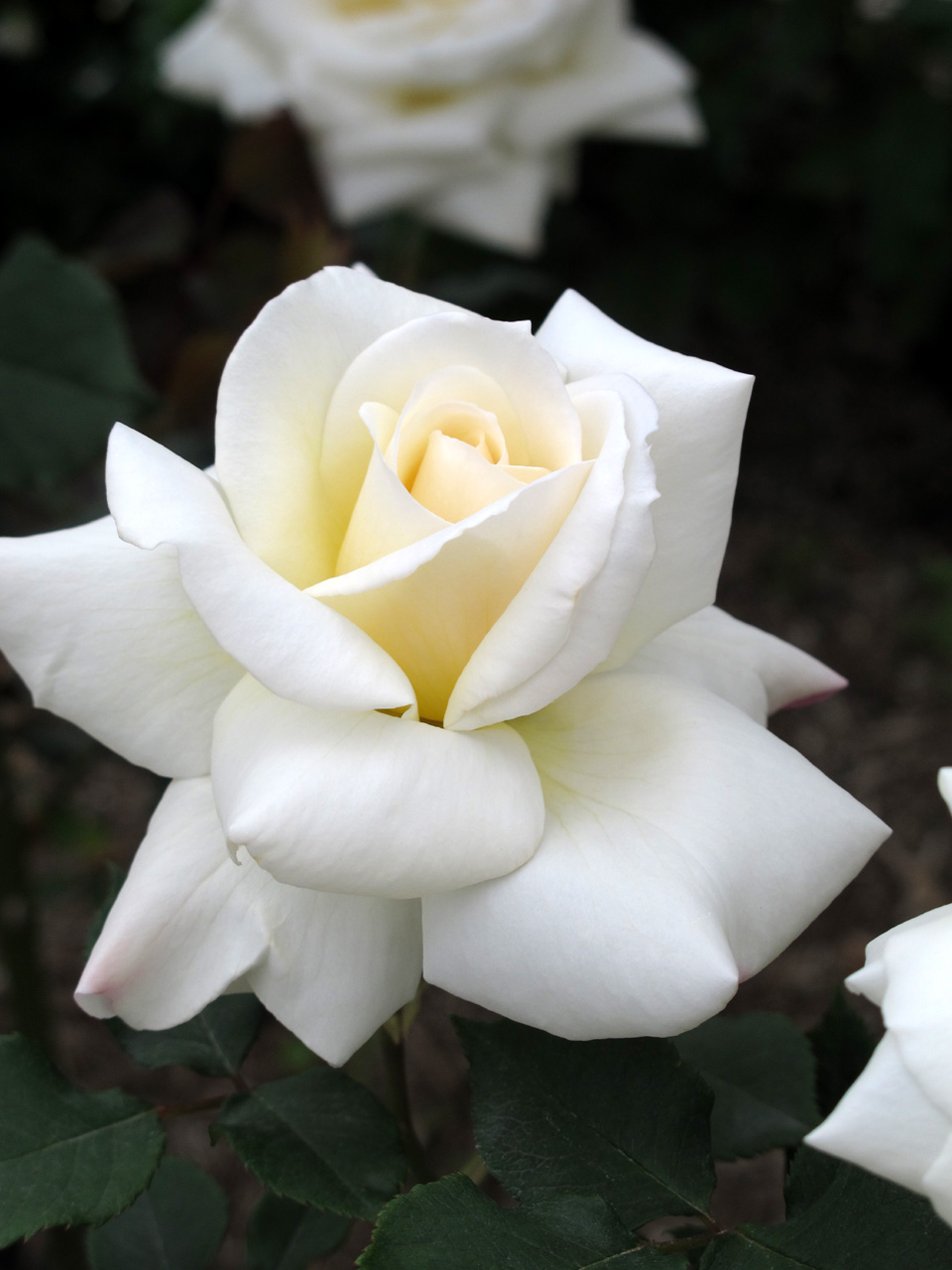
‘Westfield Star’, Henry Morse, 1920–22
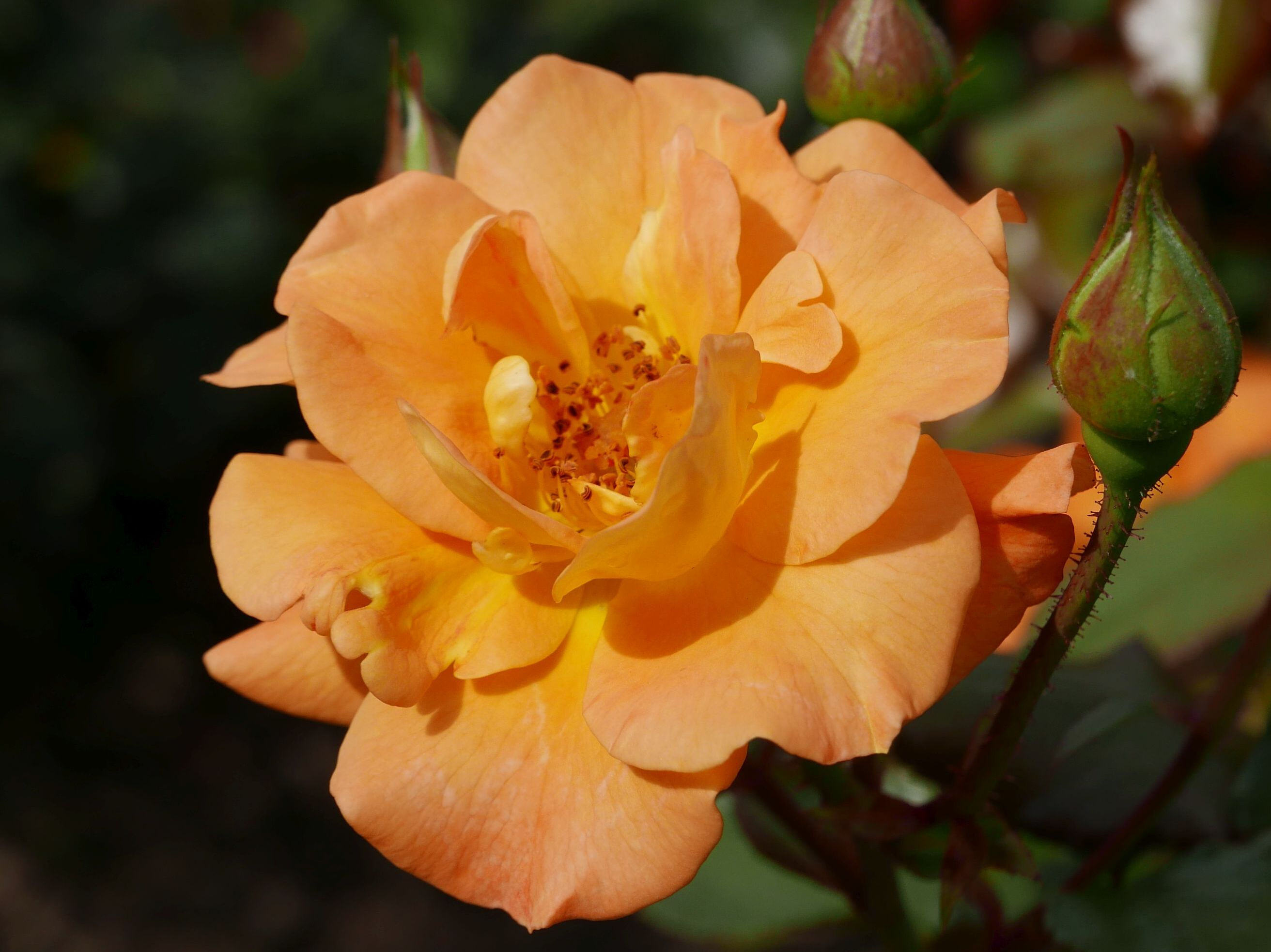
‘Westzeit’, Noack, 2004
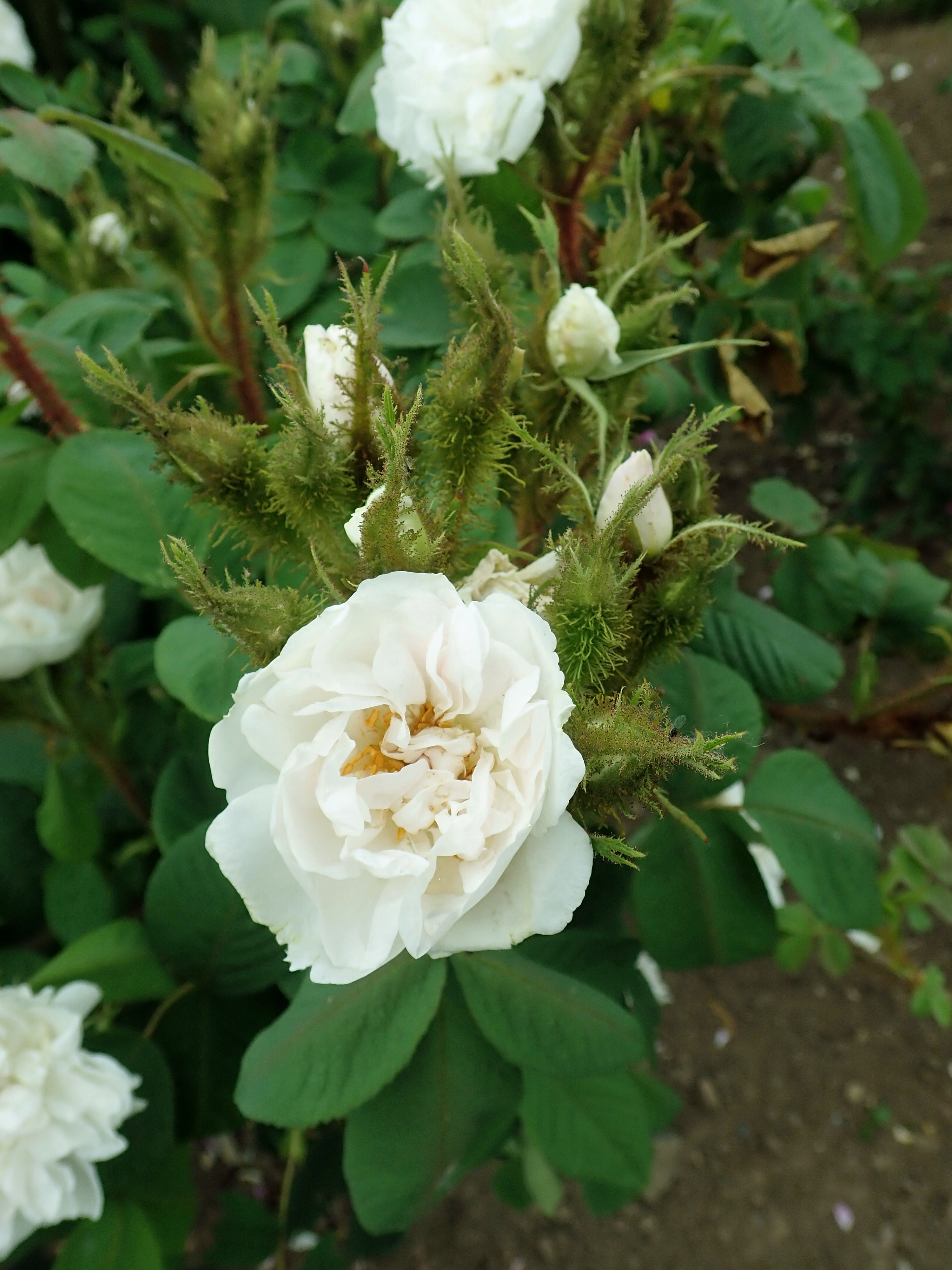
‘White Bath’, Jonathan Salter, 1817
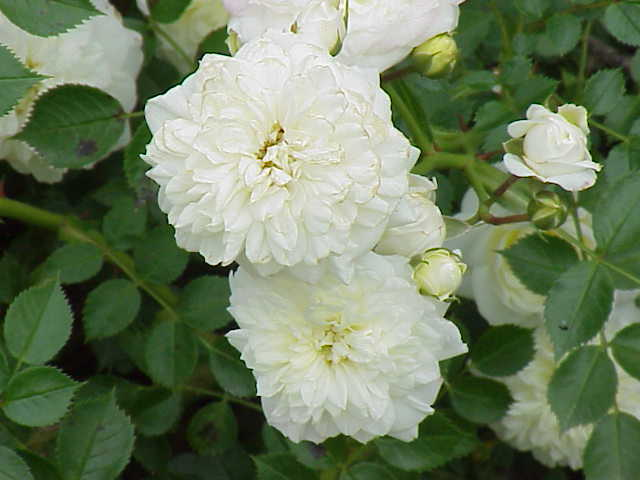
‘White Bells’, Poulsen, 1983
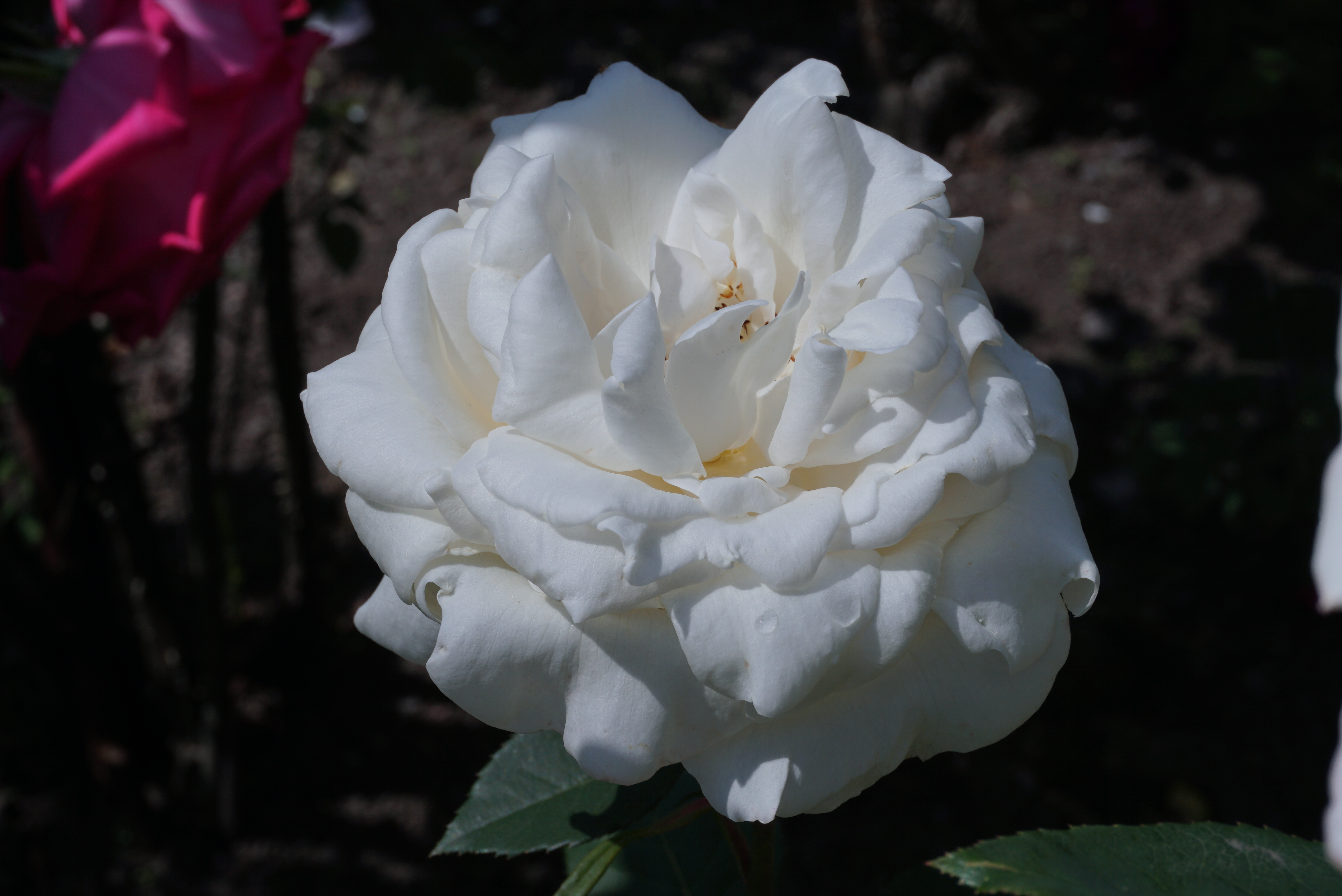
‘White Christmas’, Howard & Smith, 1953
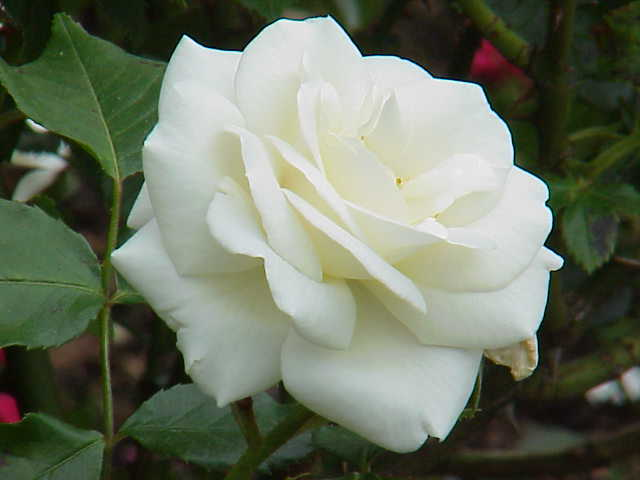
‘White Cockade’, Cocker, 1969
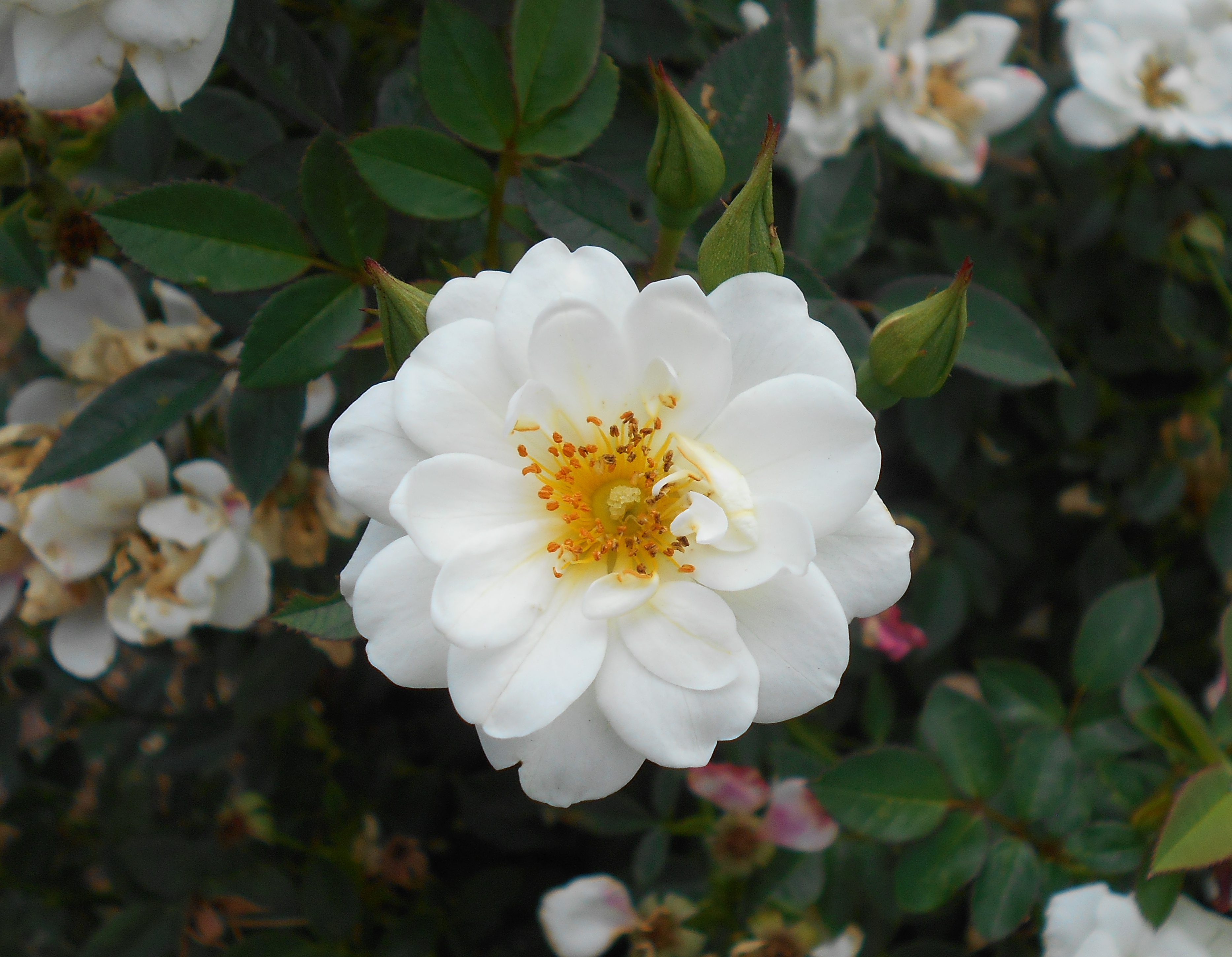
‘White Cover’, Olesen/Poulsen, 1991
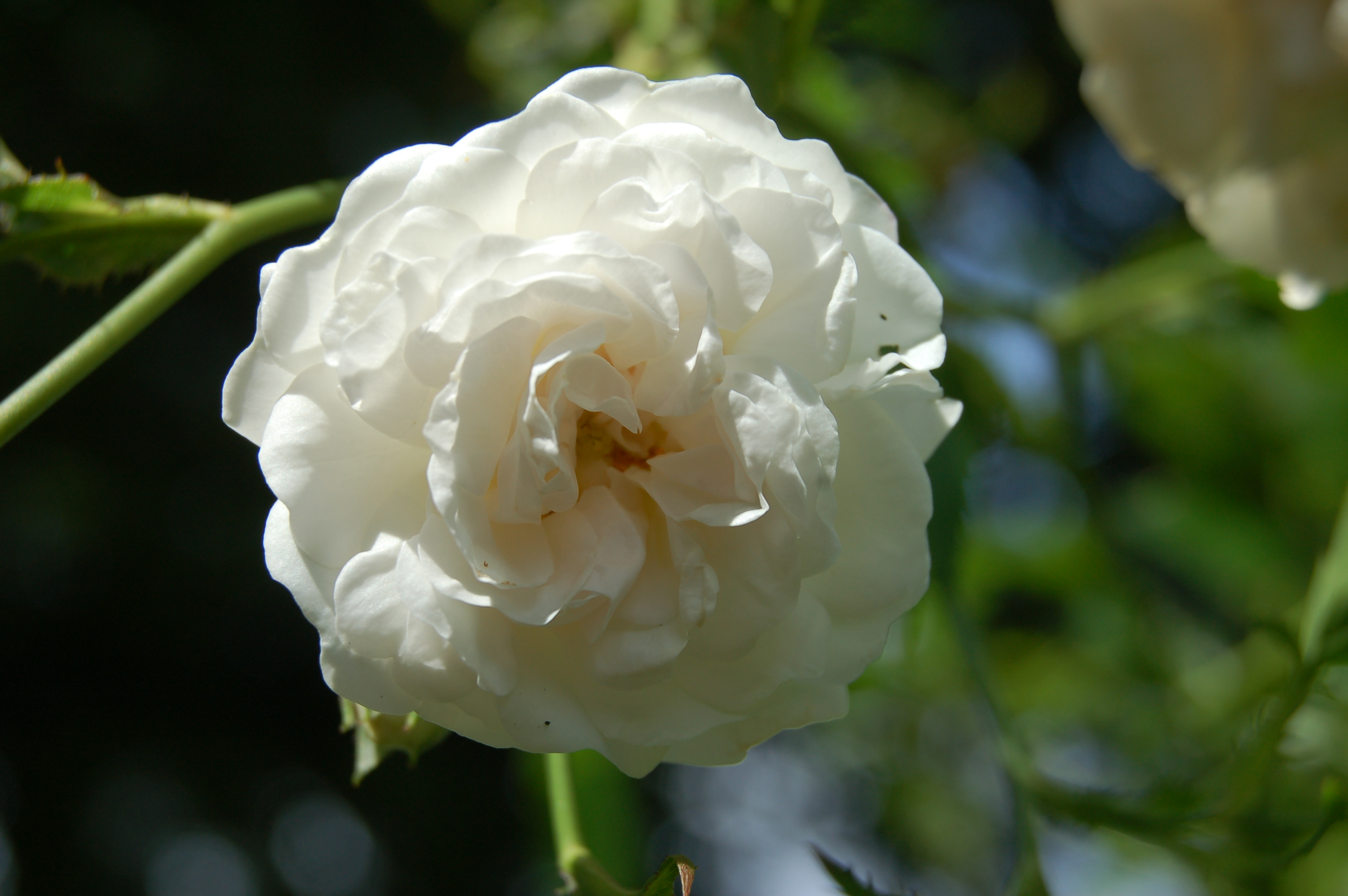
‘White Dorothy Perkins’, Cant, 1909
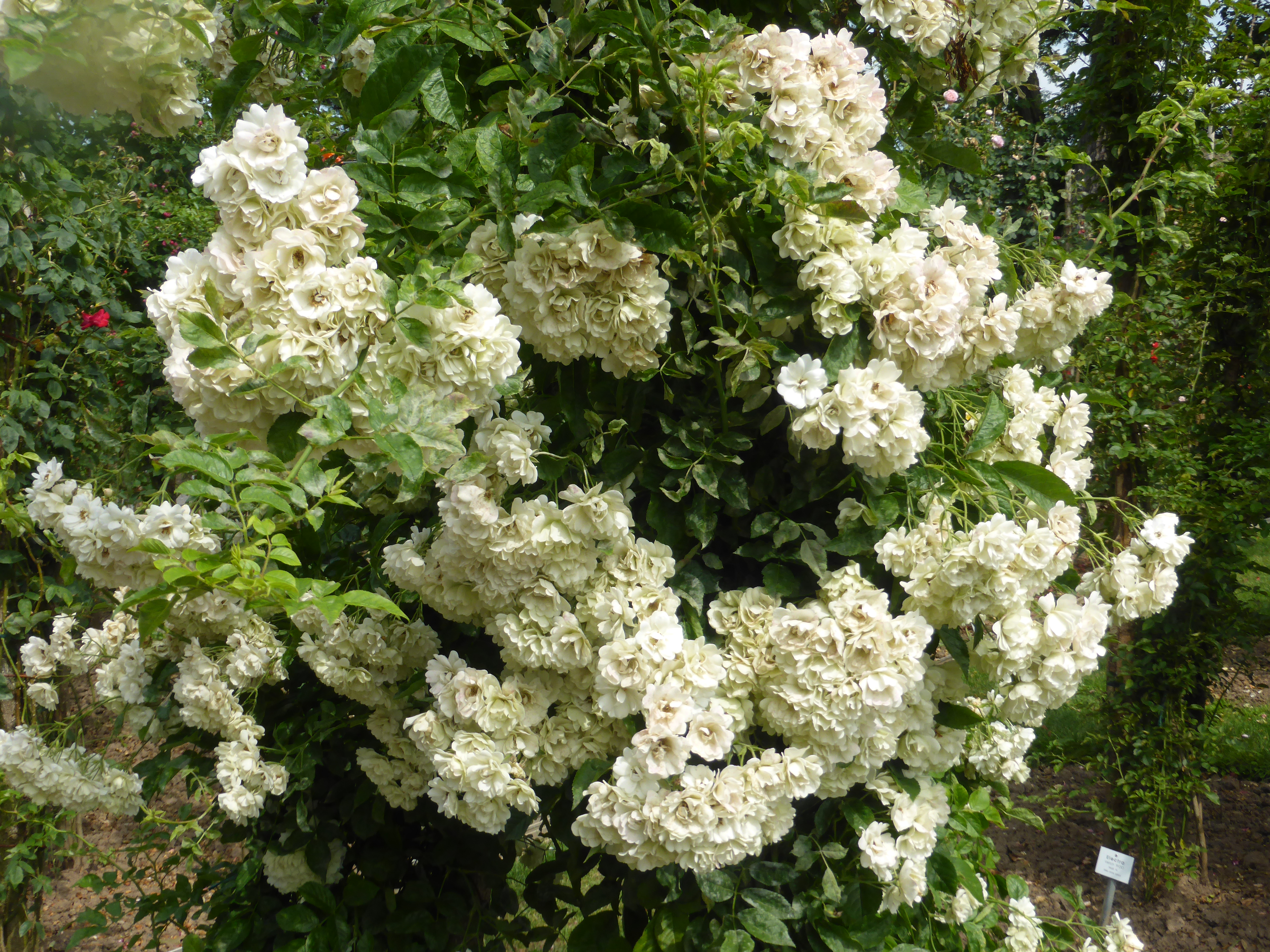
‘White Flight’, Rockford, 1916
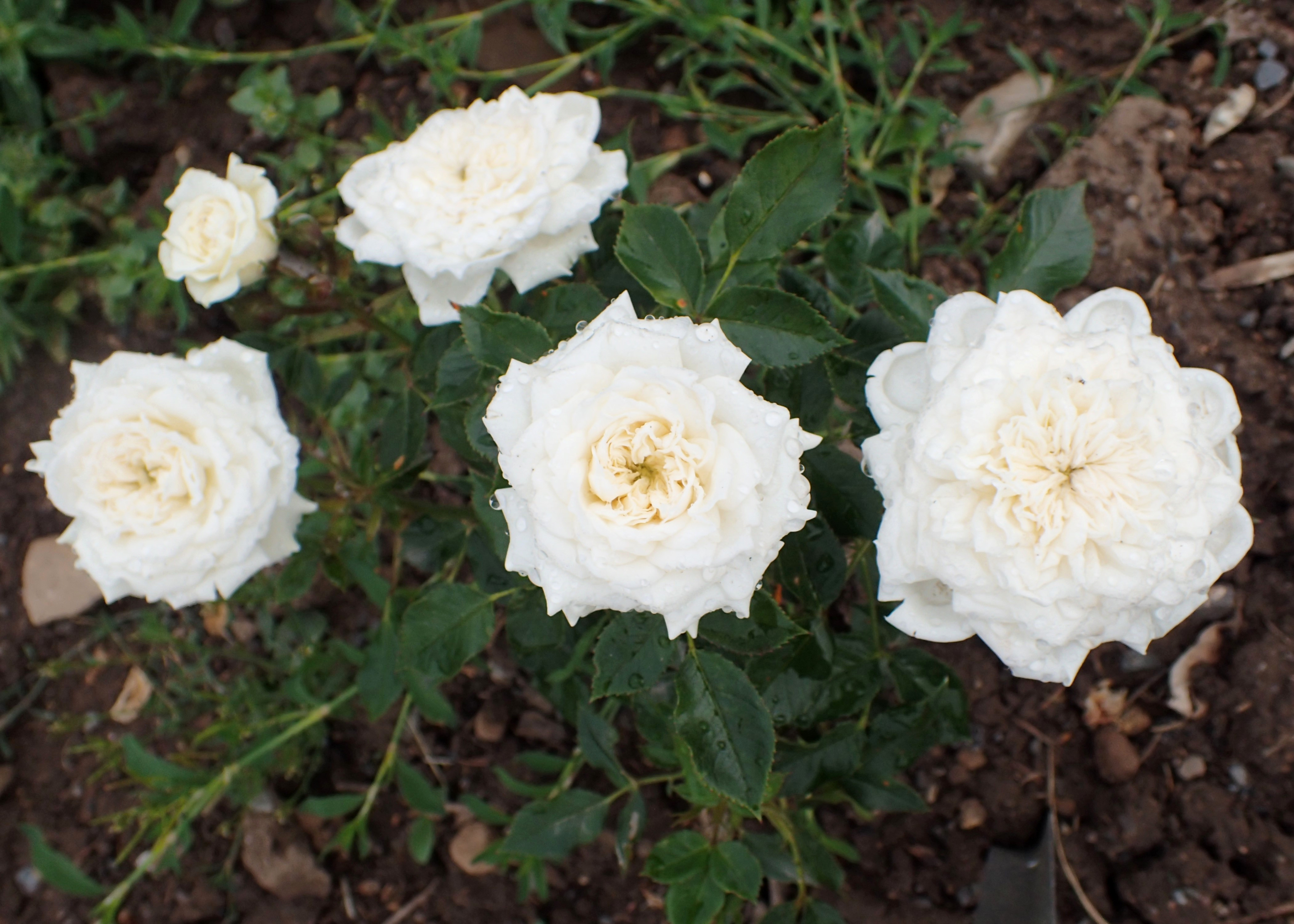
‘White Gem’, Marie-Louise Meilland, 1976
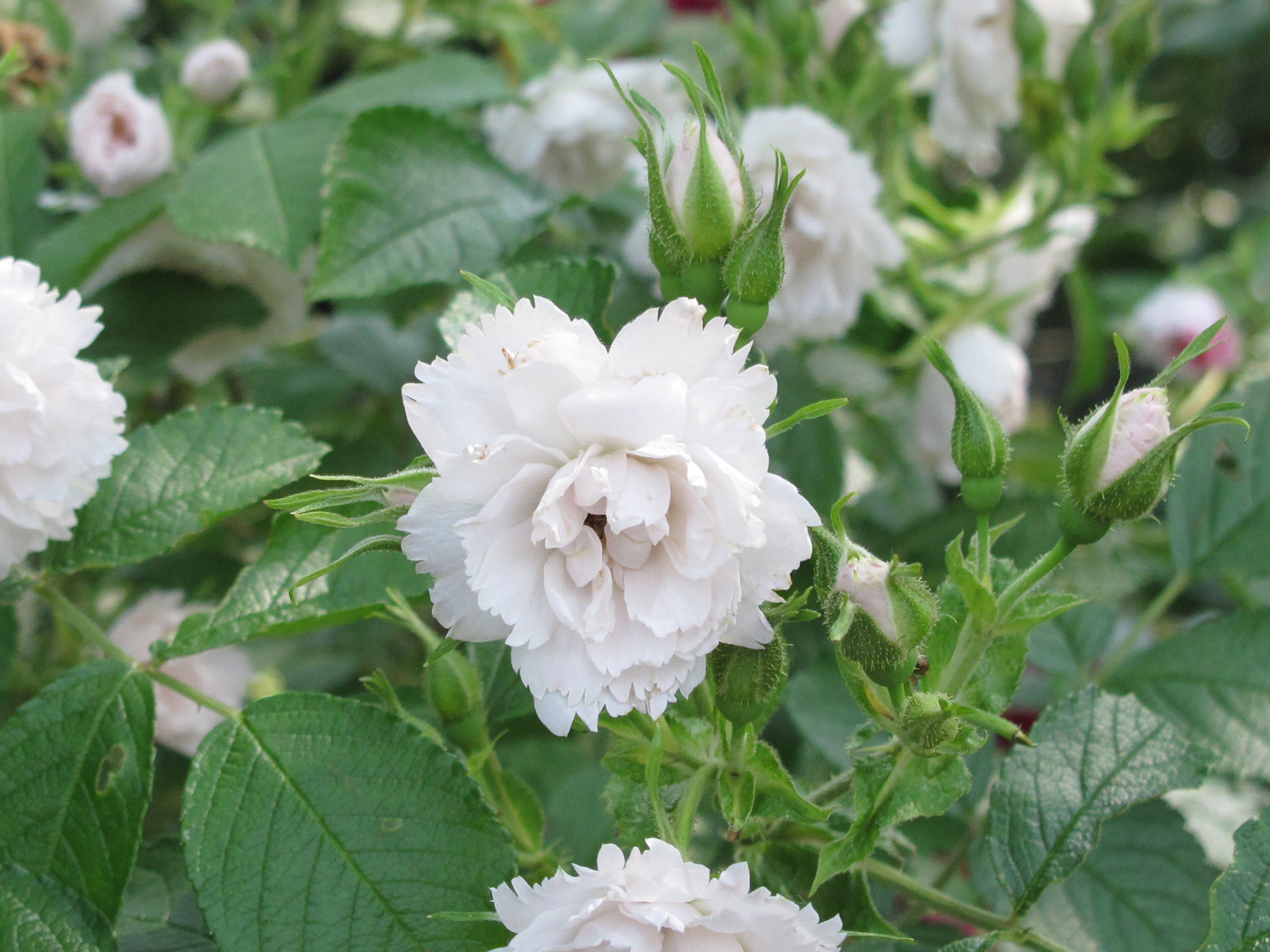
‘White Grootendorst’, Paul Eddy, 1962
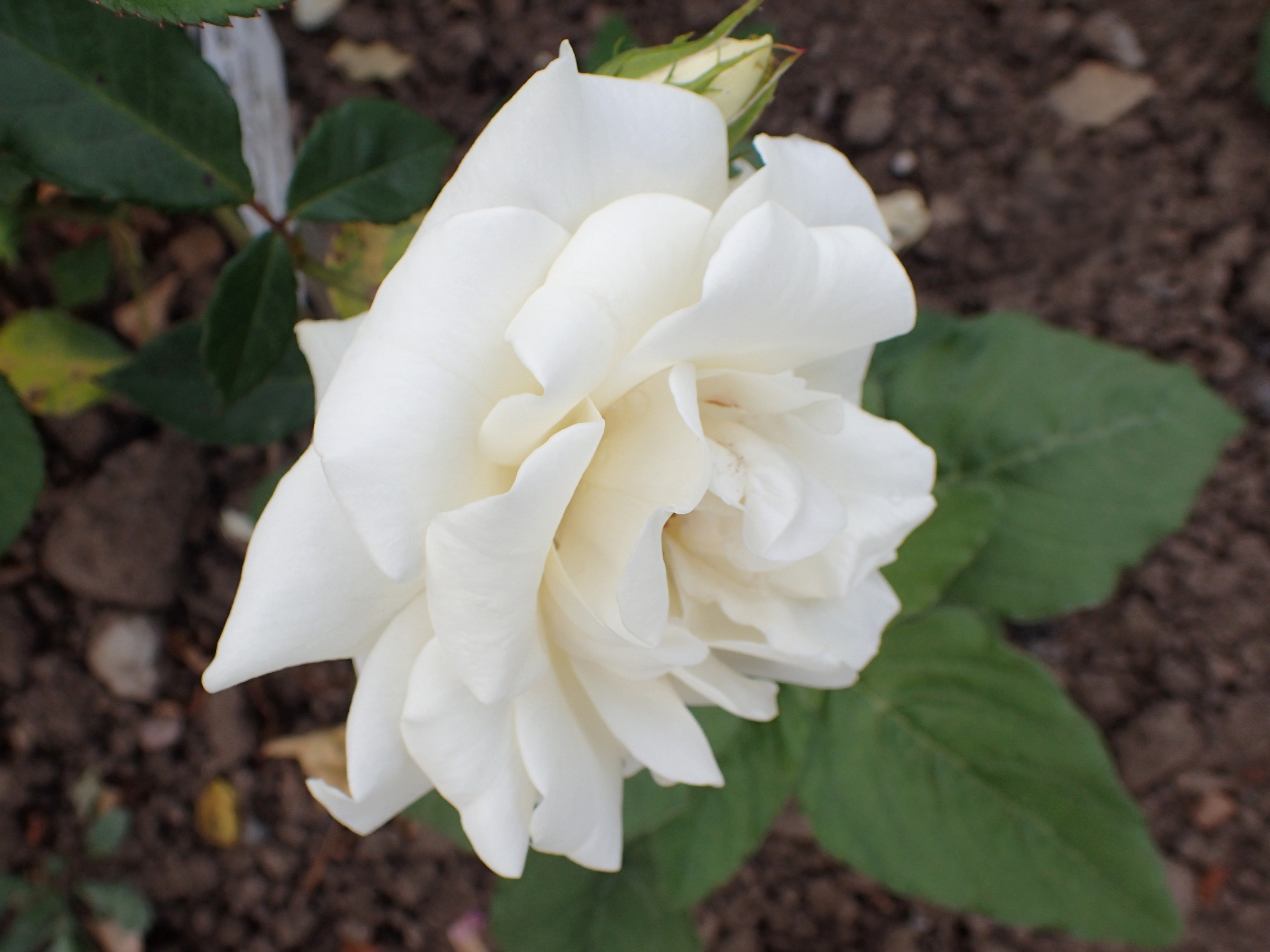
‘White Jewel’, Boerner/Jackson & Perkins, 1957
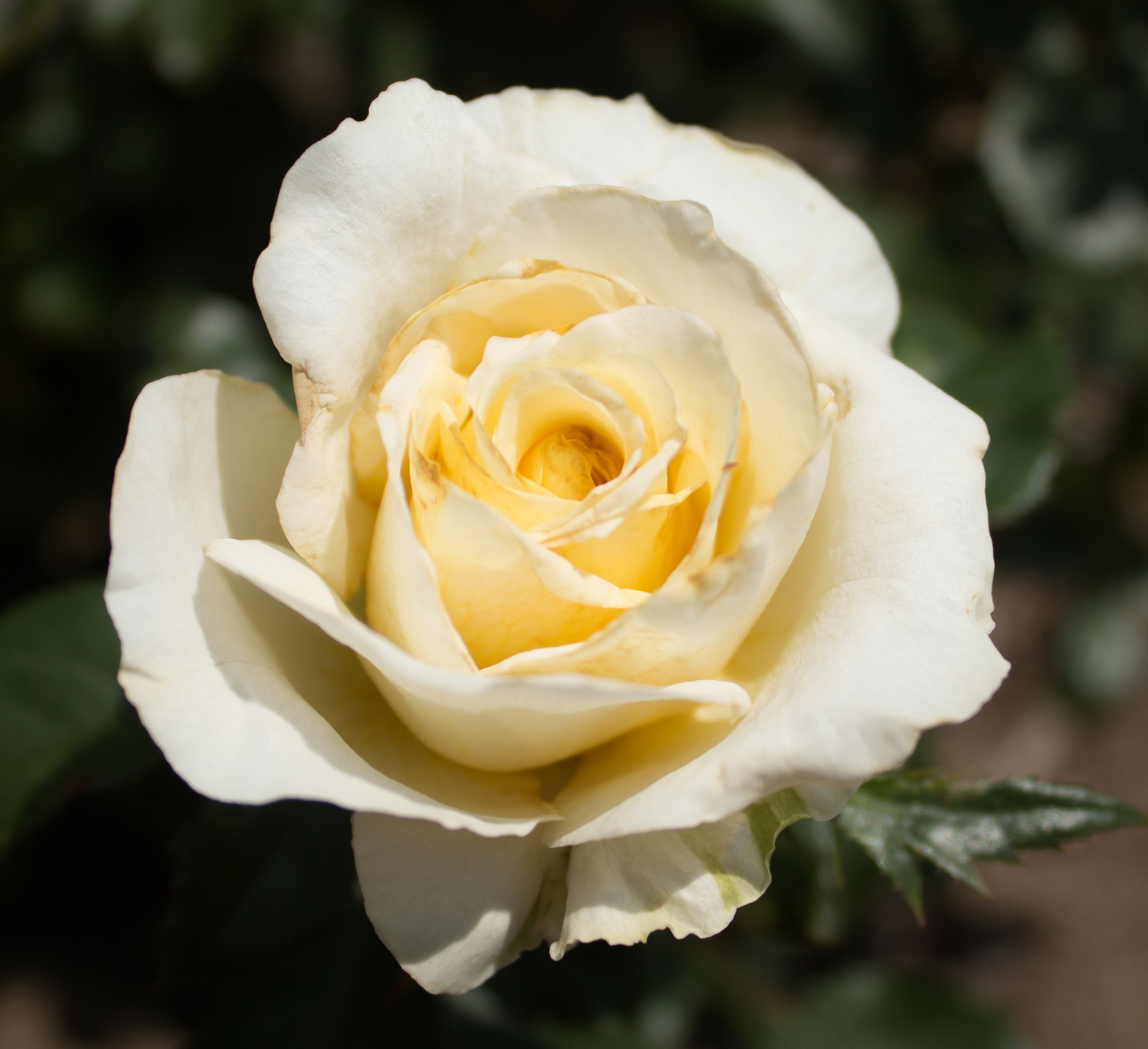
‘White Licorice’, Christian Bédard, 2009
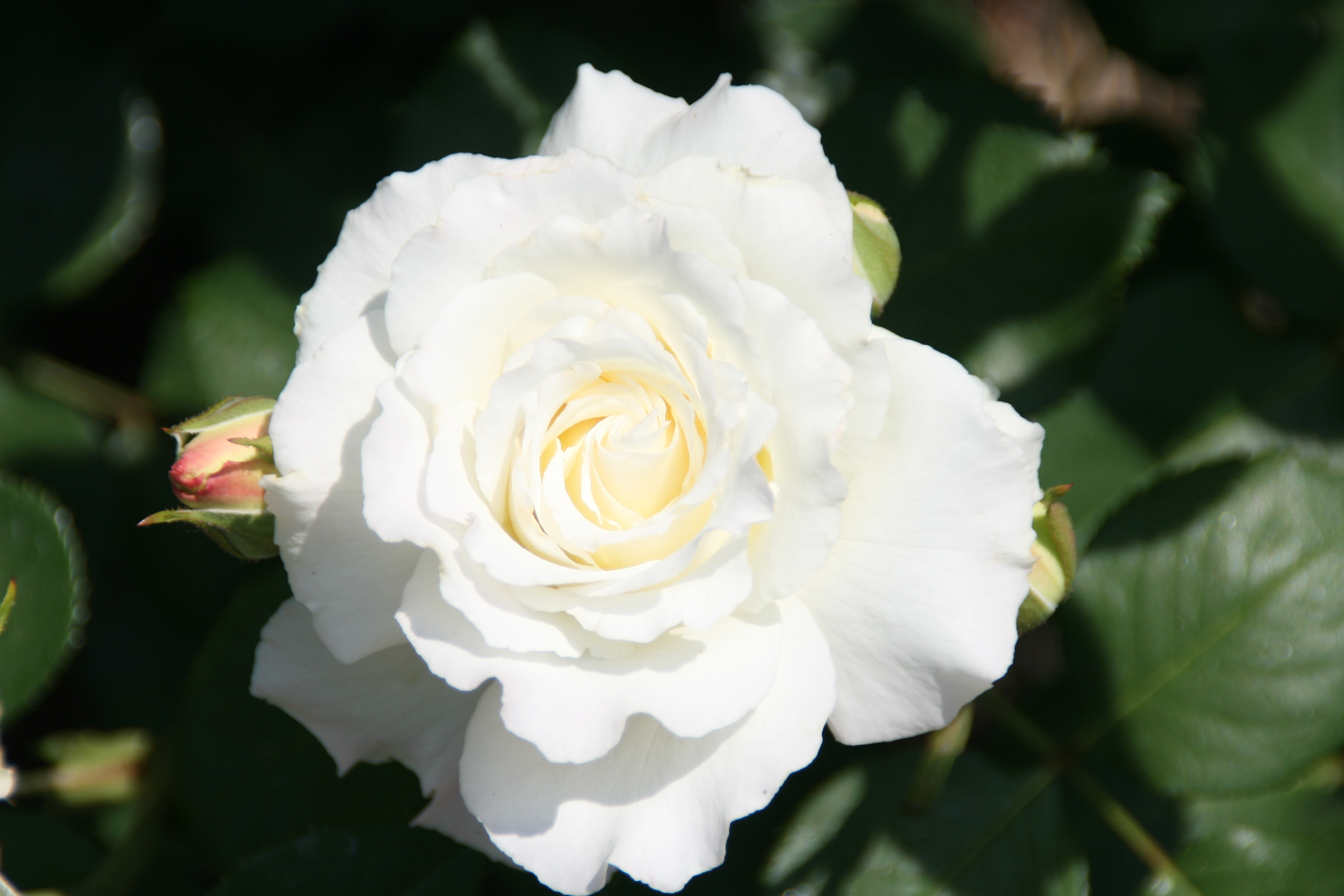
‘White Lightnin’, Christensen/Swim, vor 1979
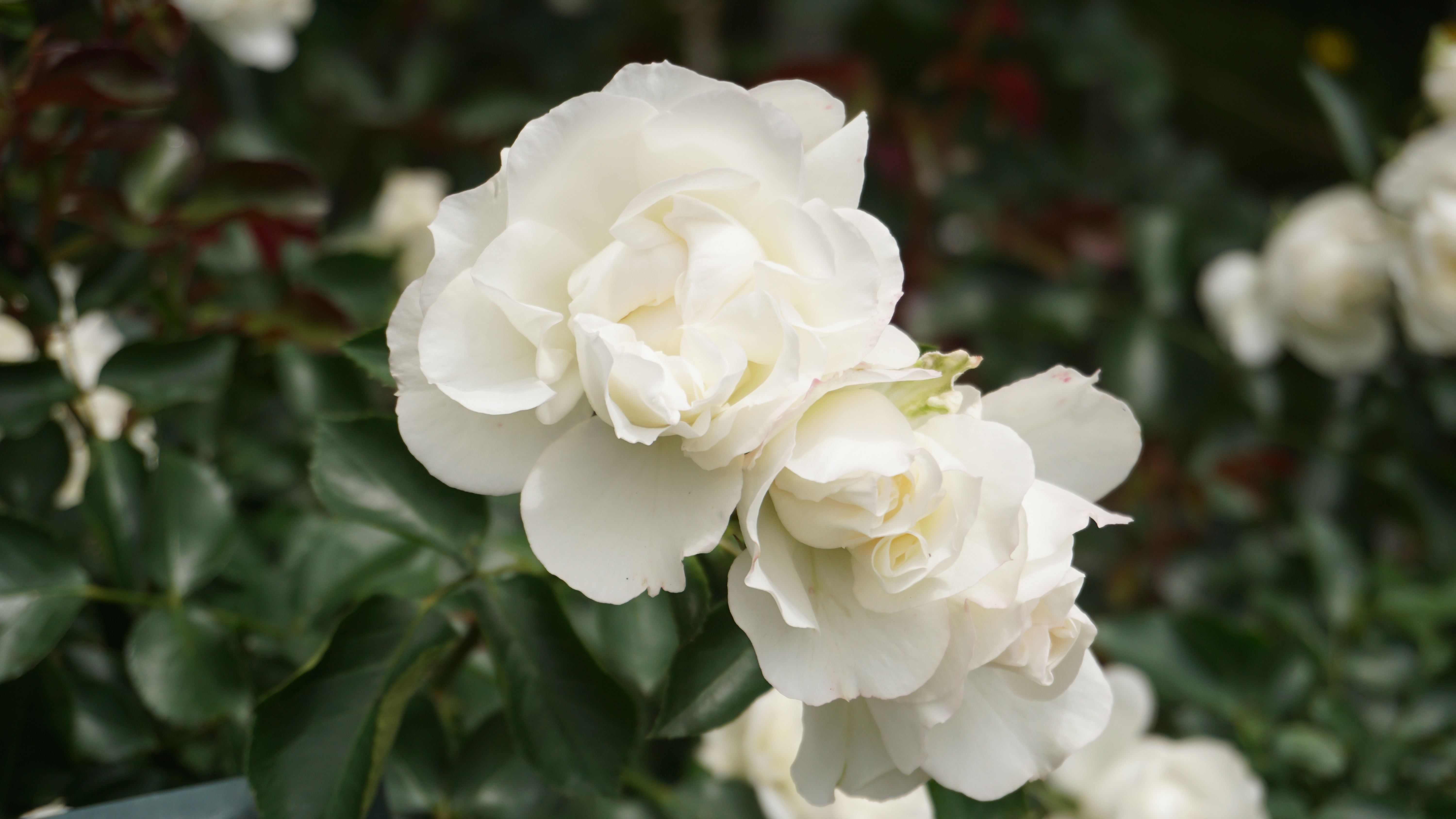
‘White Meidiland’, Meilland, 1987
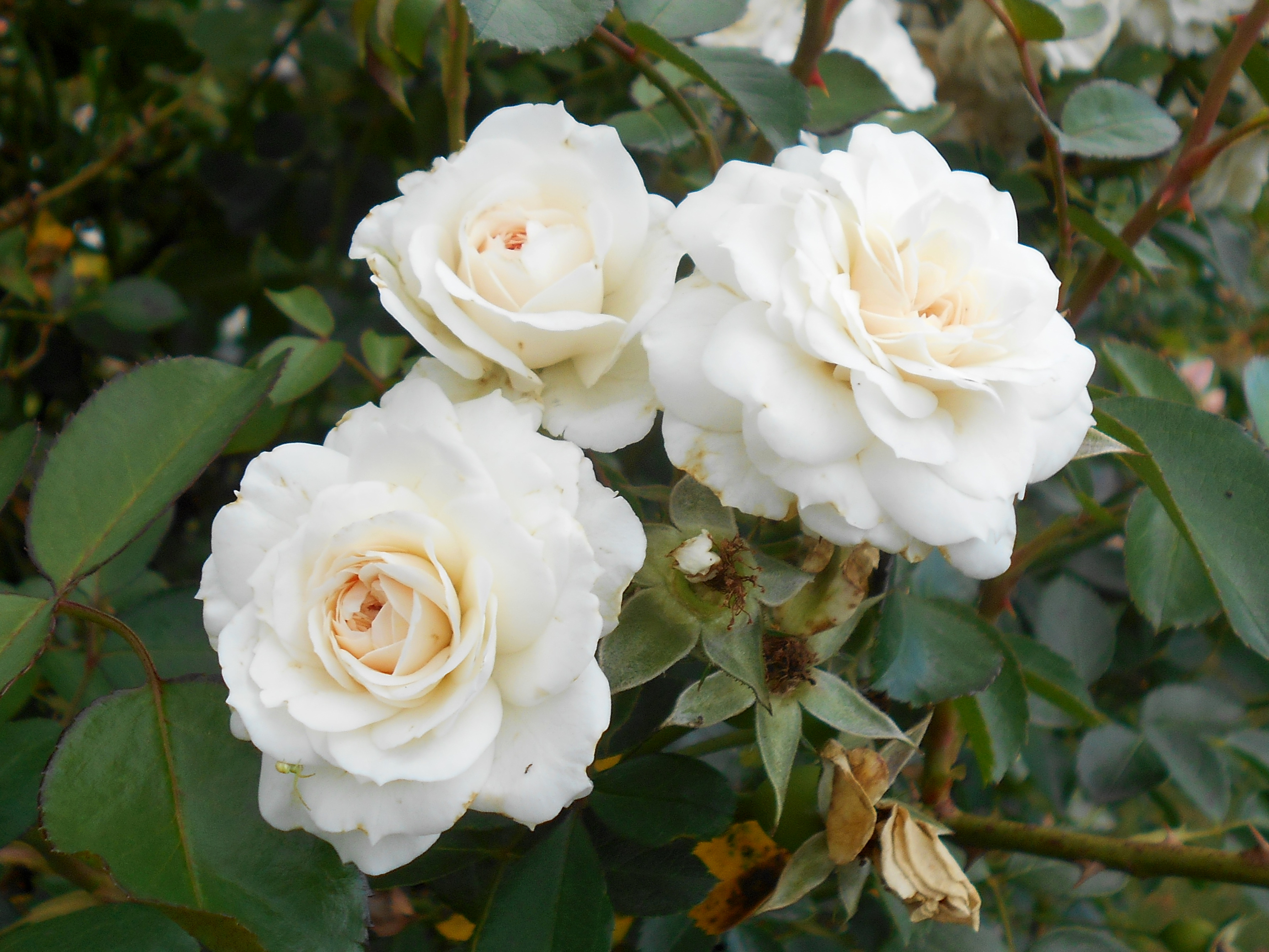
‘White New Dawn’, L.E. Longley/Berger, 1949/1959
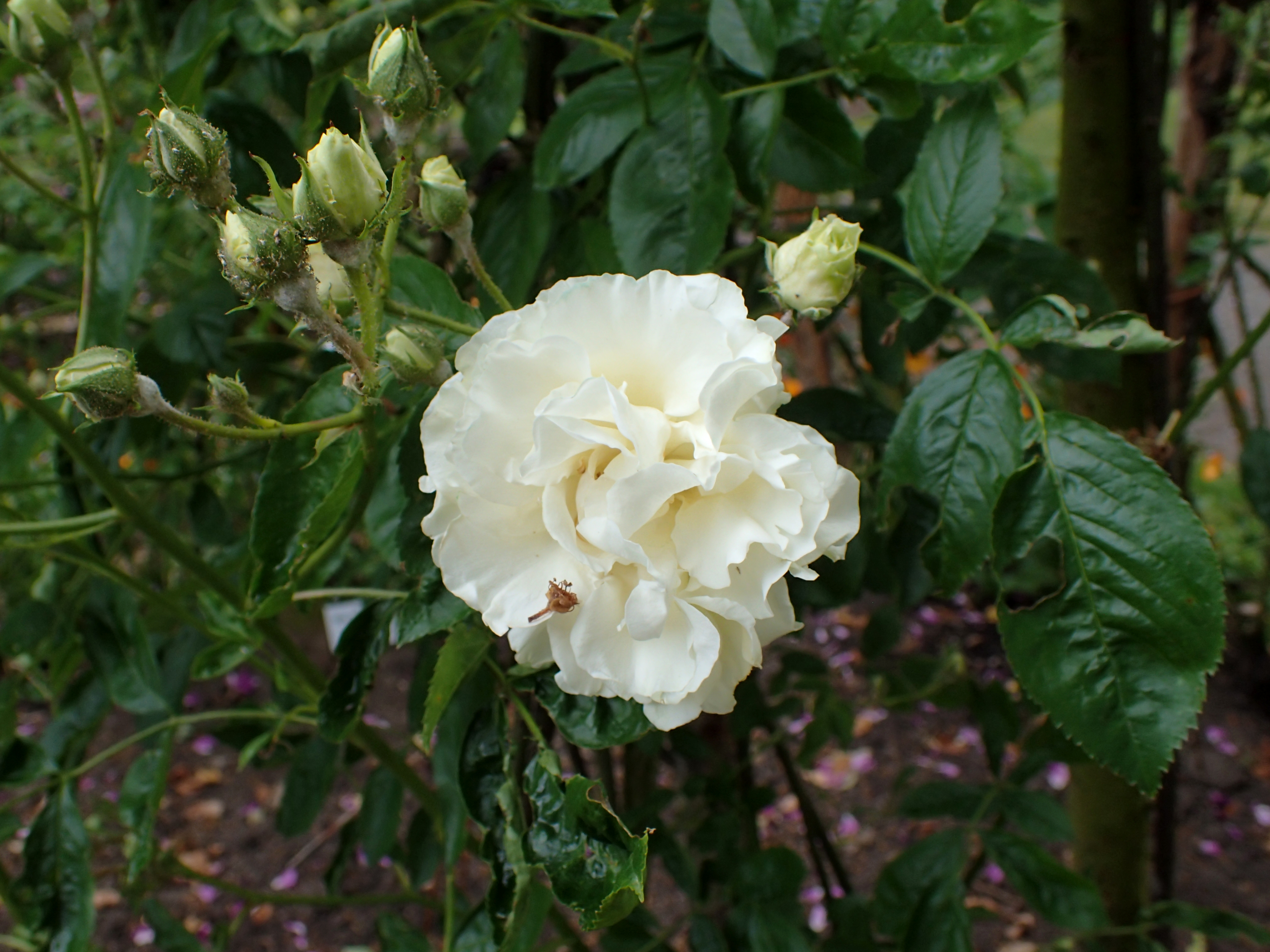
‘White Tausendschön’, William Paul, 1913
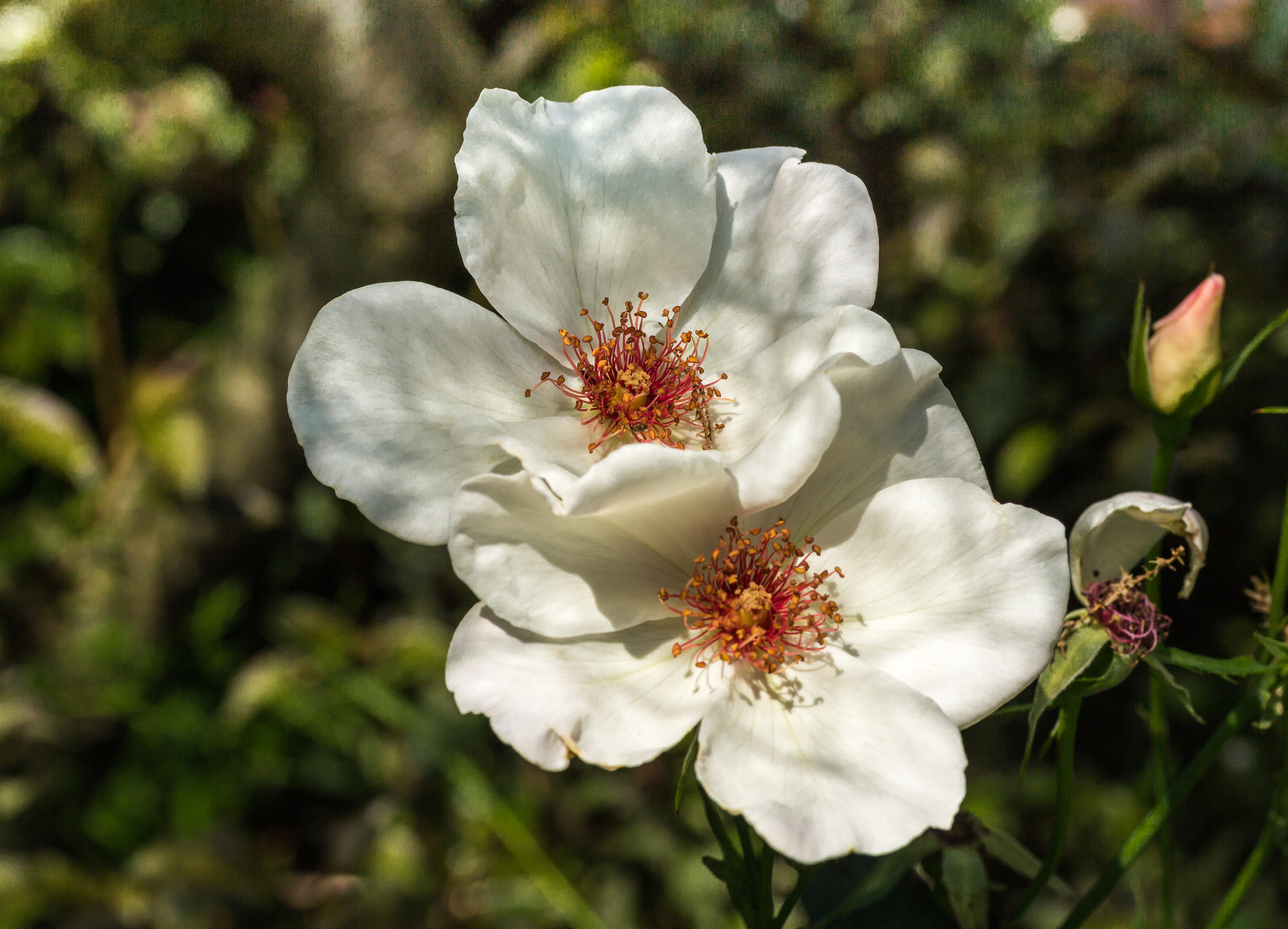
‘White Wings’, Alfred Krebs, 1947
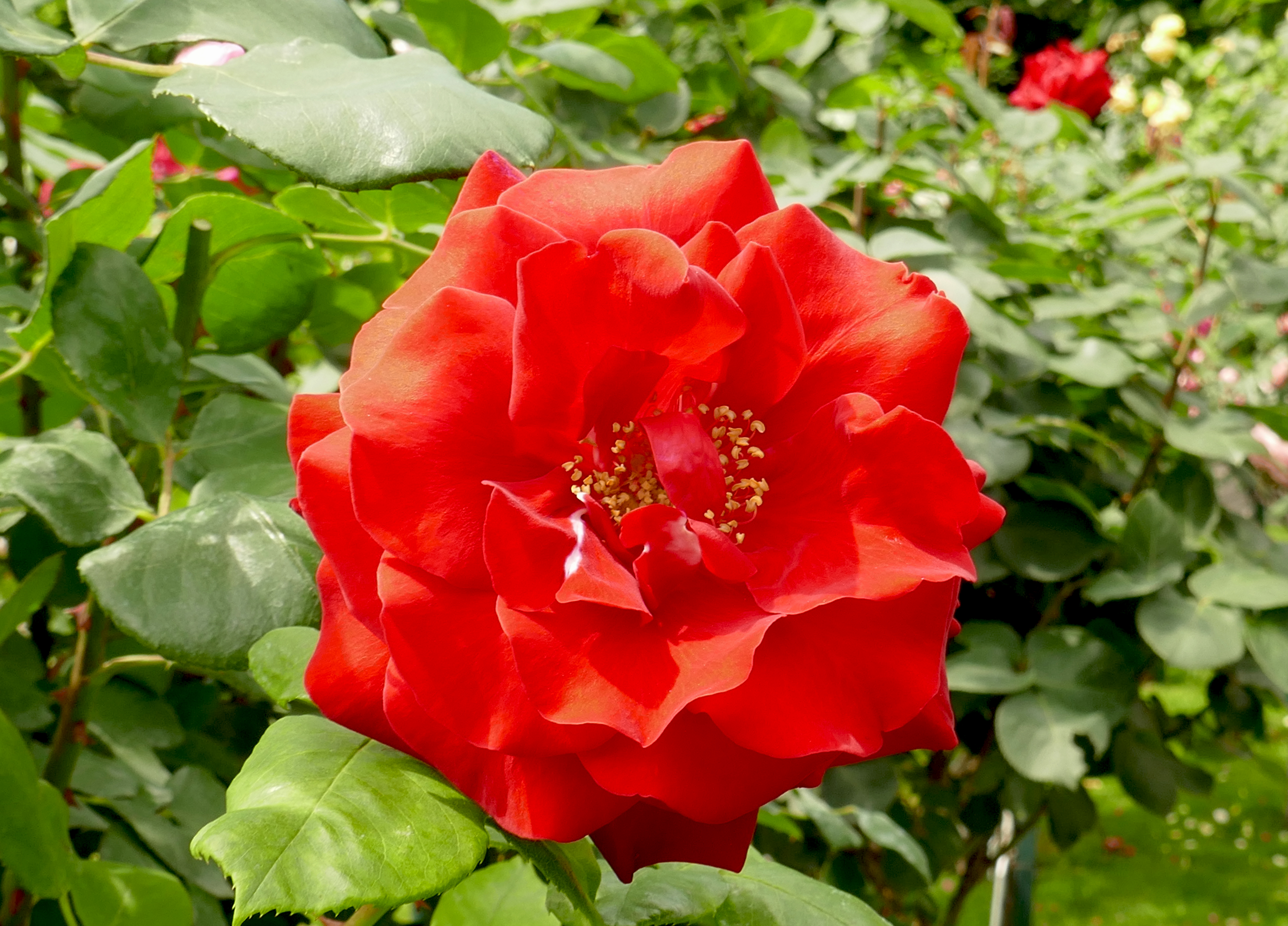
‘Wiener Symphoniker’, Meilland, 2007
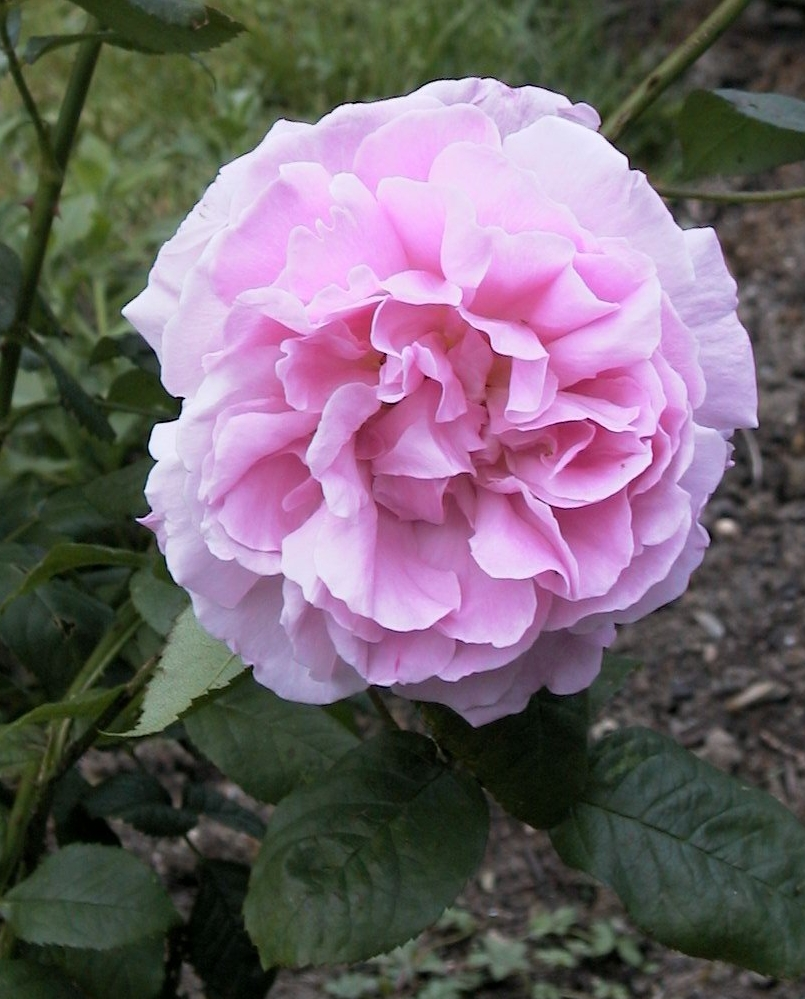
‘Wife of Bath’, Austin, 1969
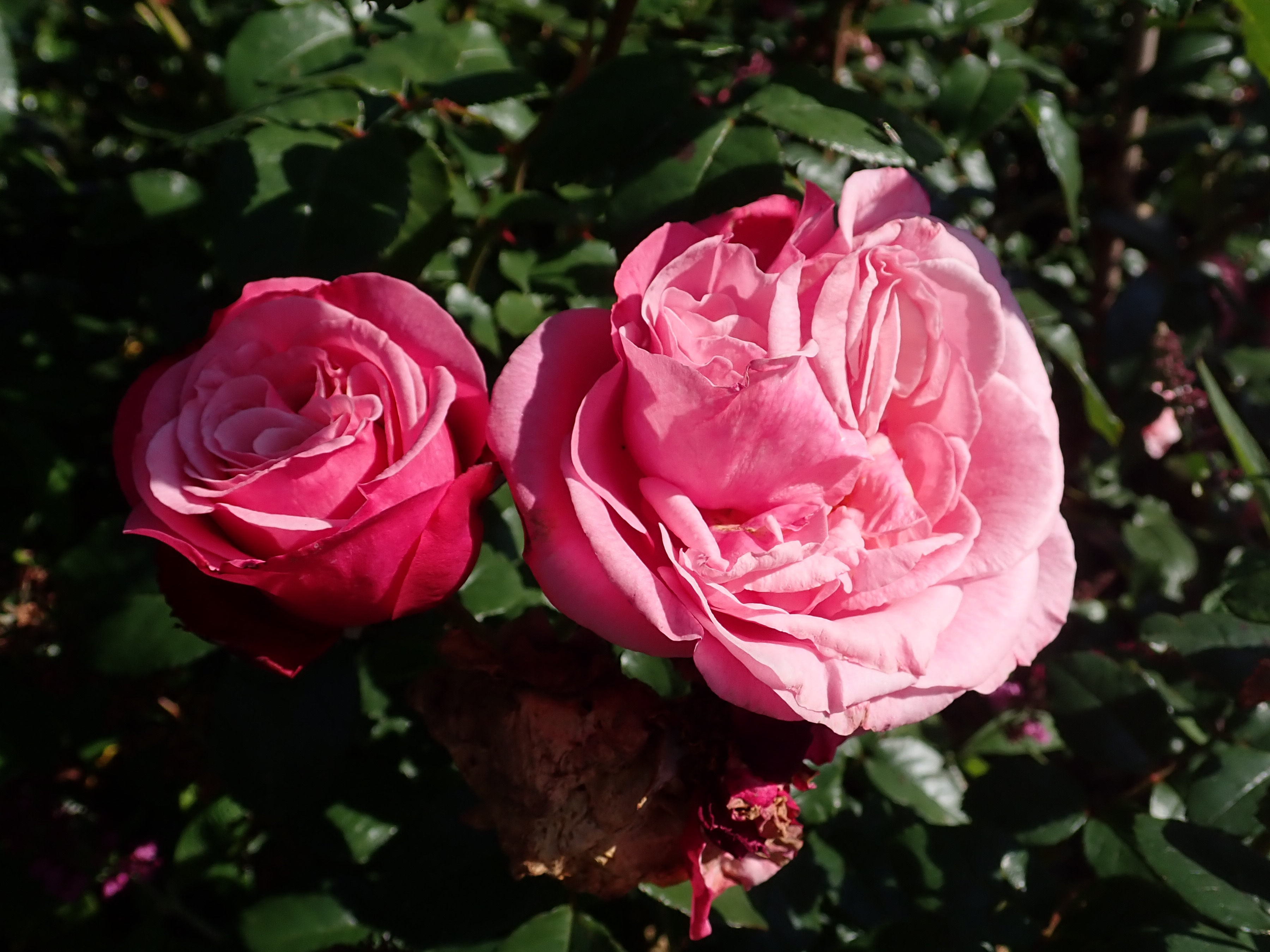
‘Wildberry’, Tantau, 2013/2018
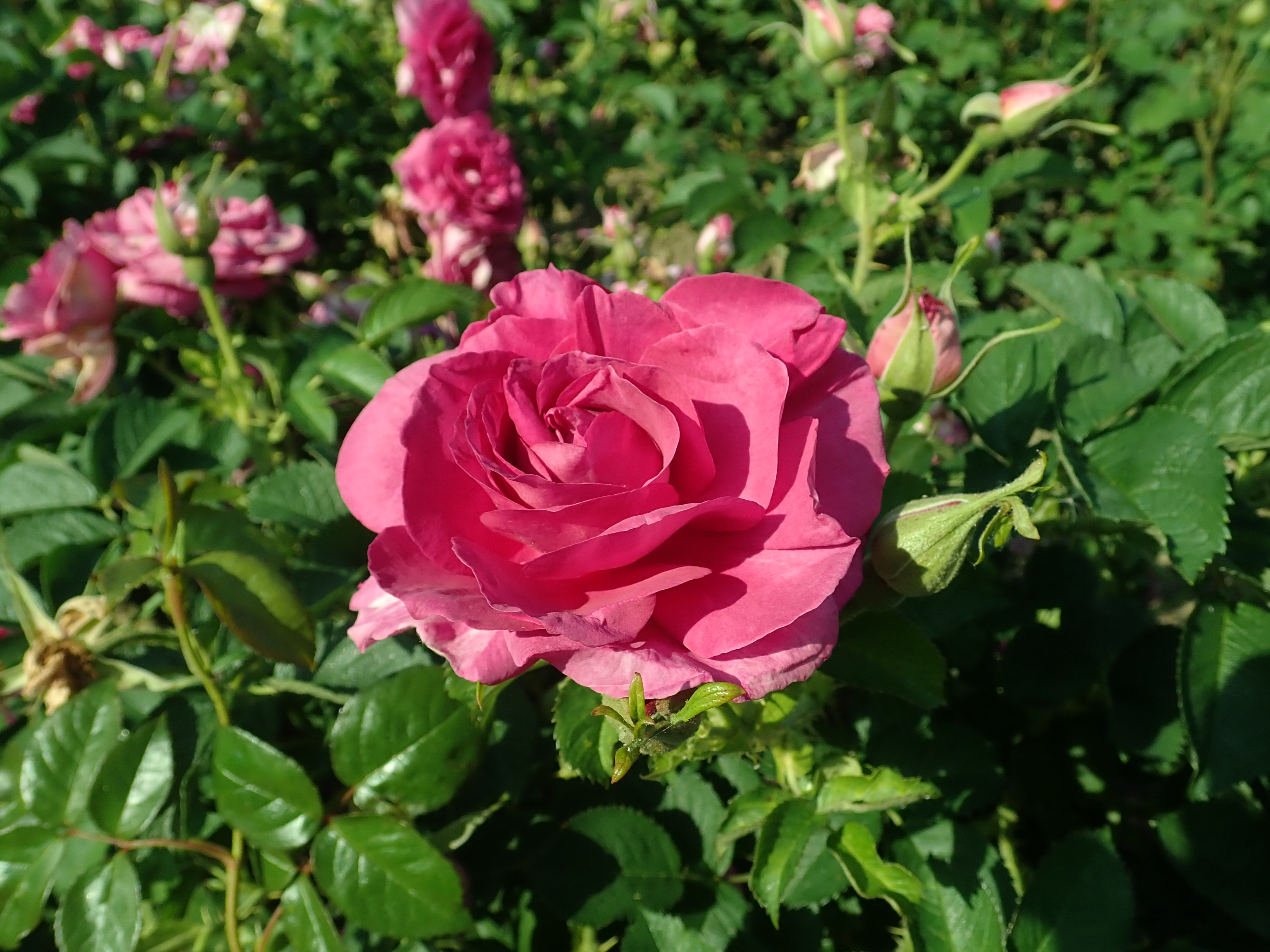
‘Wild Edric’, David Austin, 2005
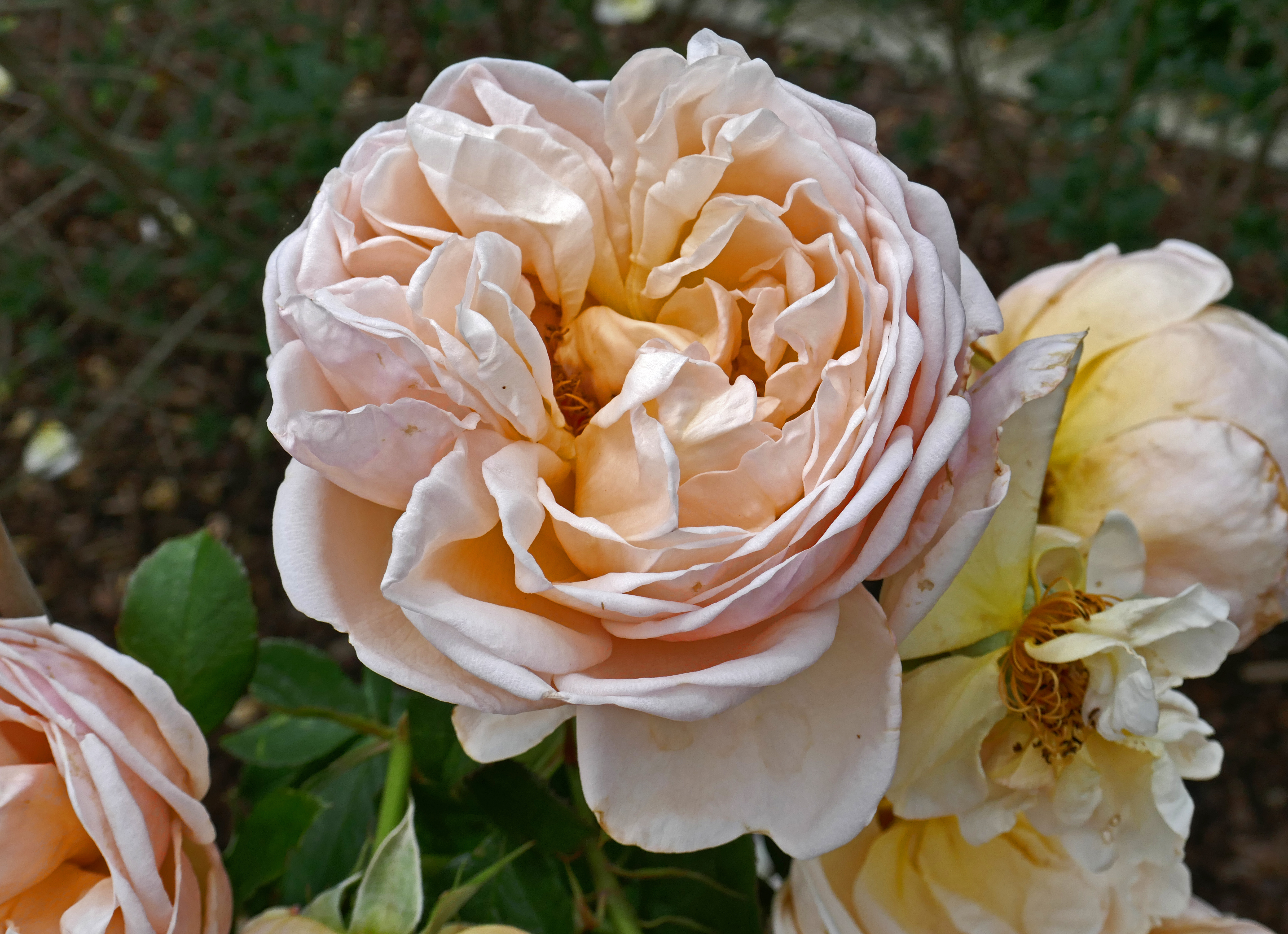
‘Wildeve’, Austin, 1995
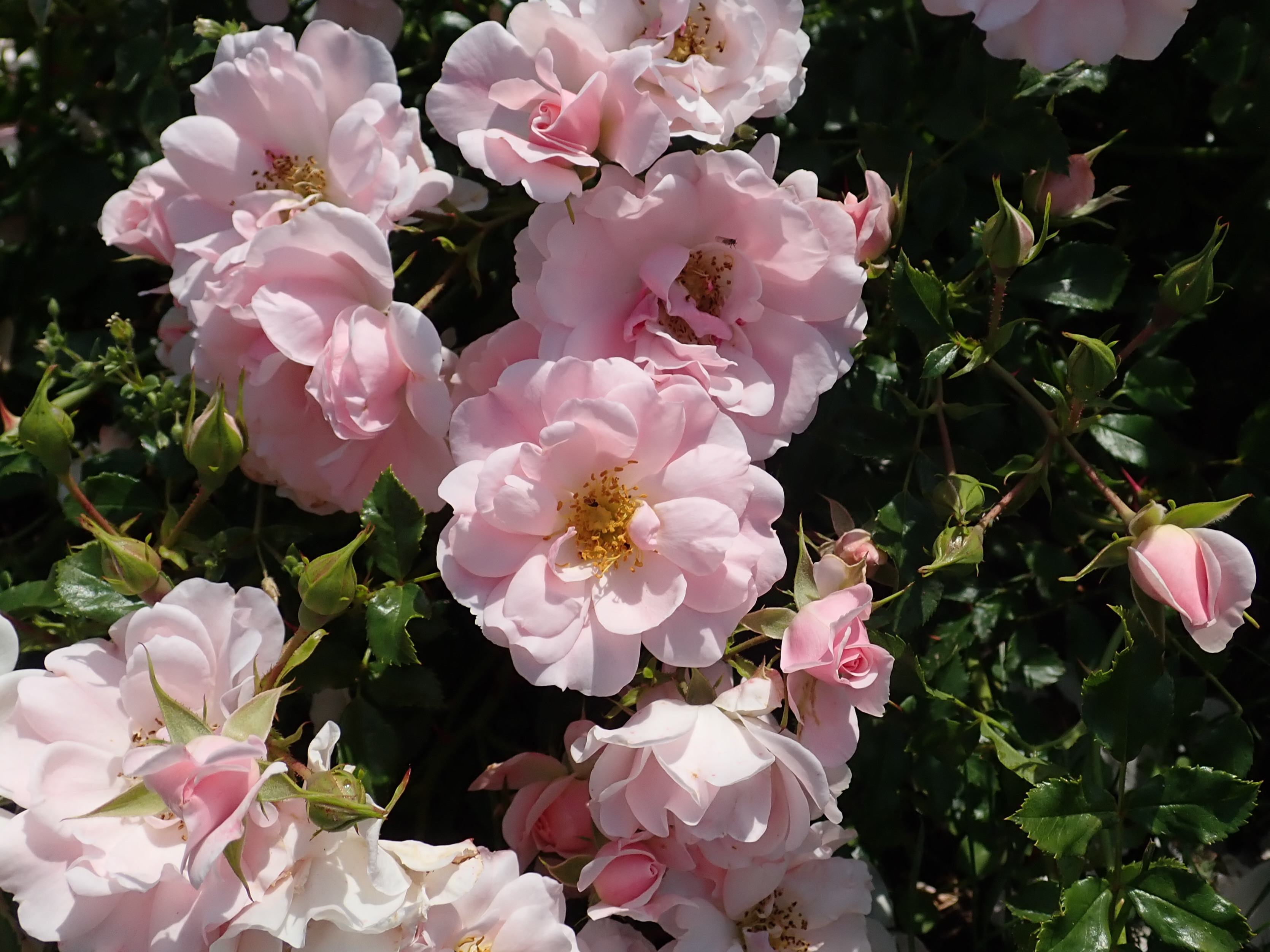
‘Wildfang’, Noack, 1989
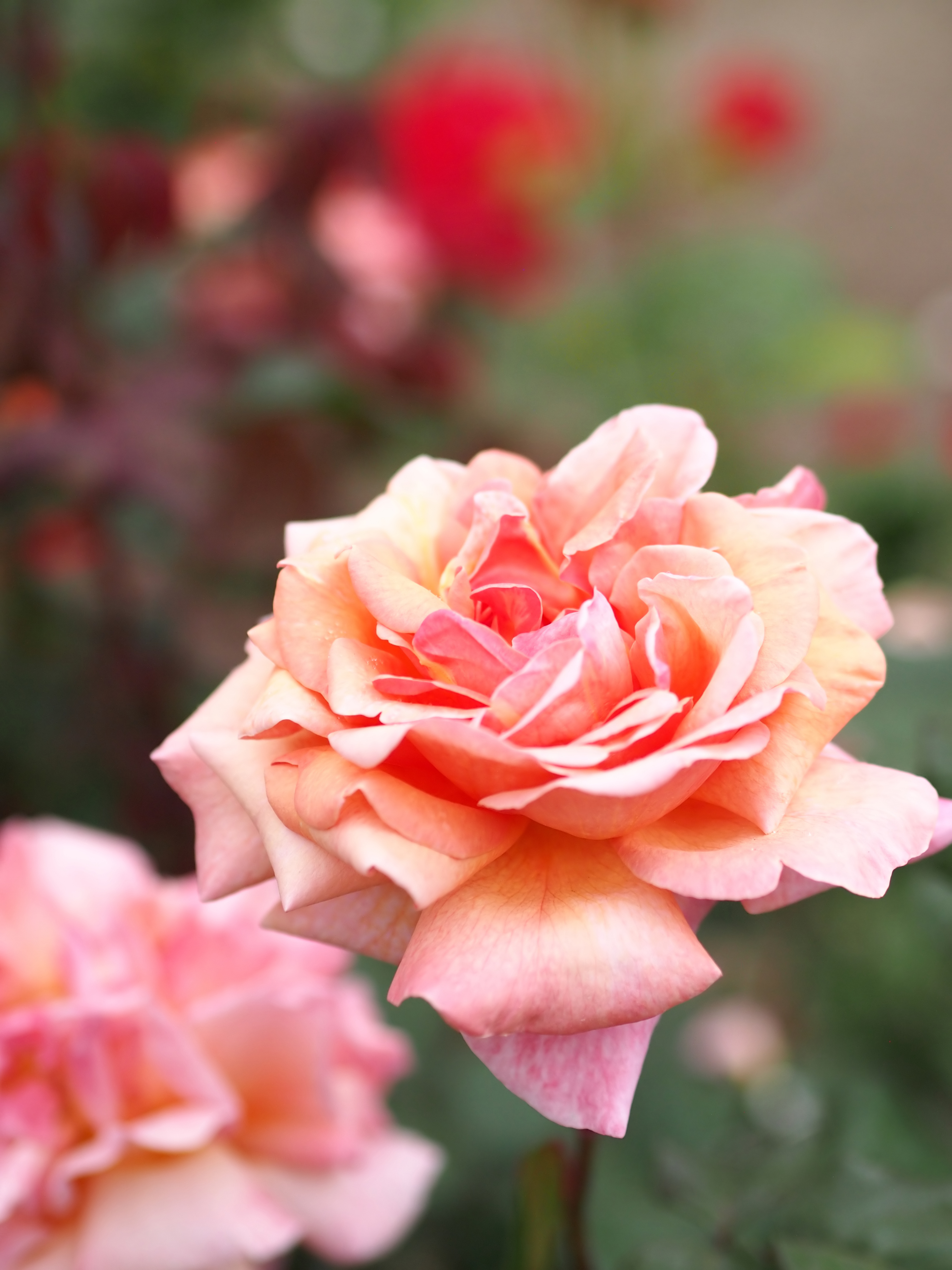
‘Wild Ginger’, Griffith J. Buck, 1976
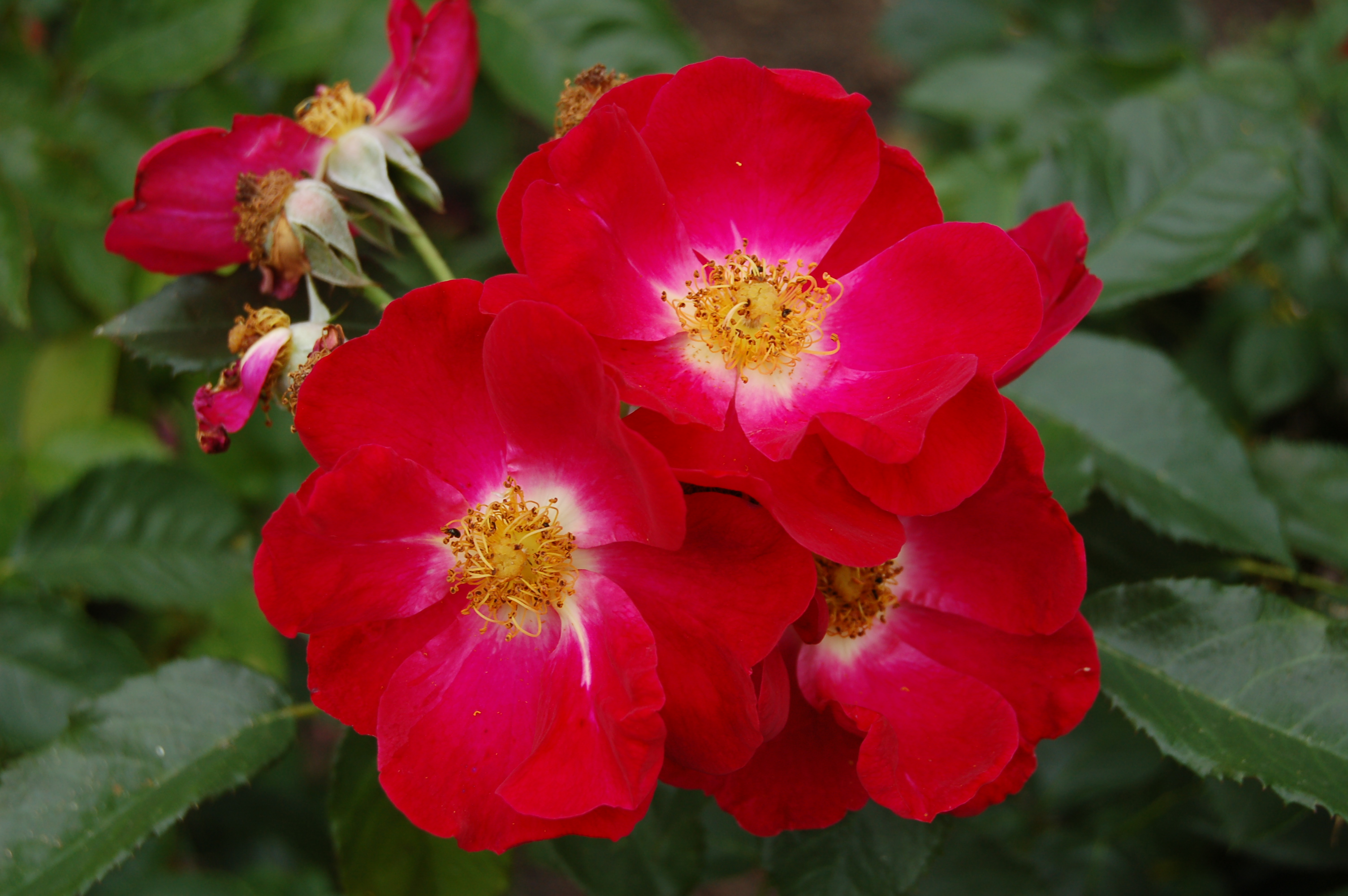
‘Wilhelm’, Kordes, 1934
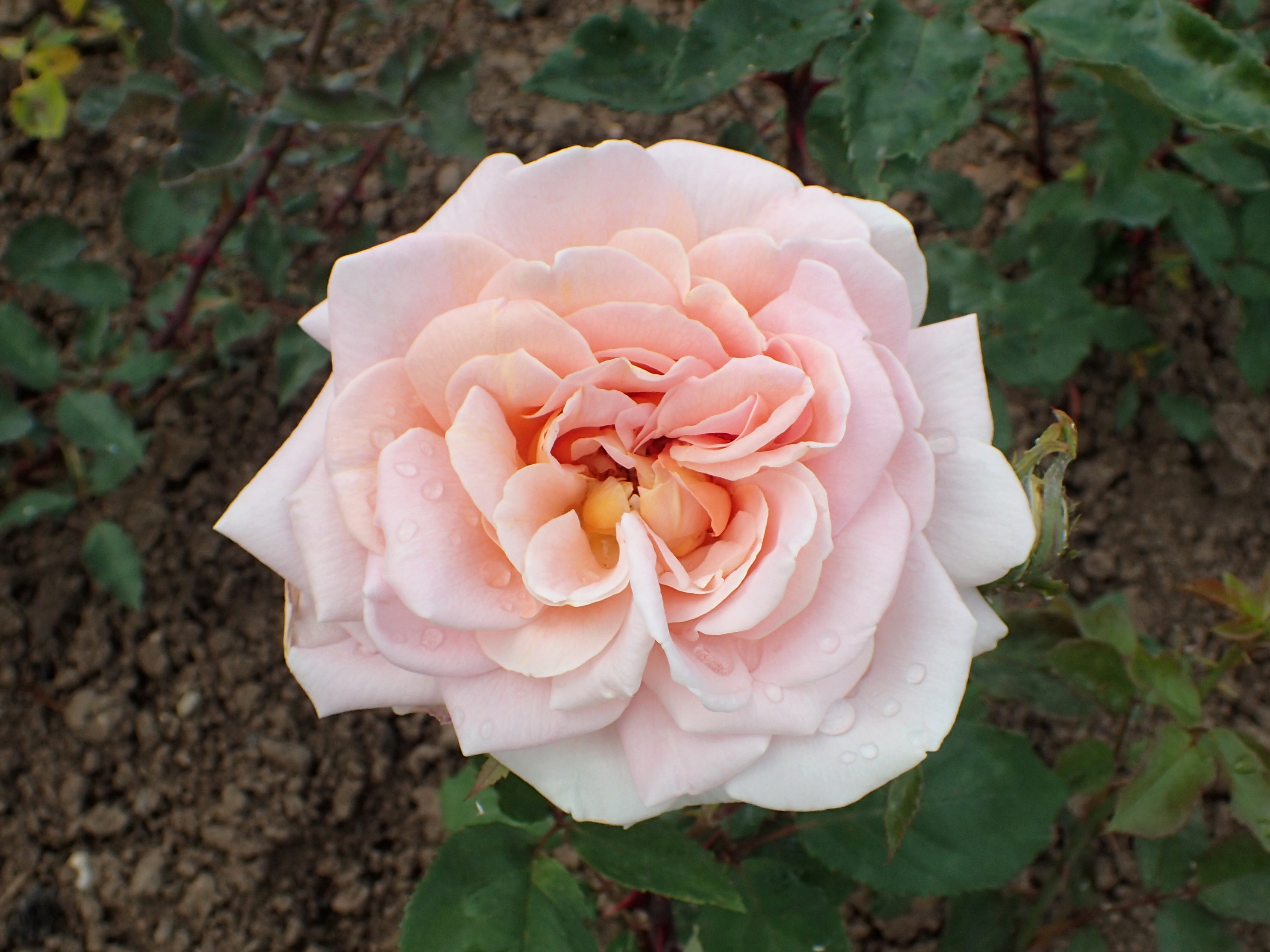
‘Wilhelm Kordes’, Kordes, vor 1922
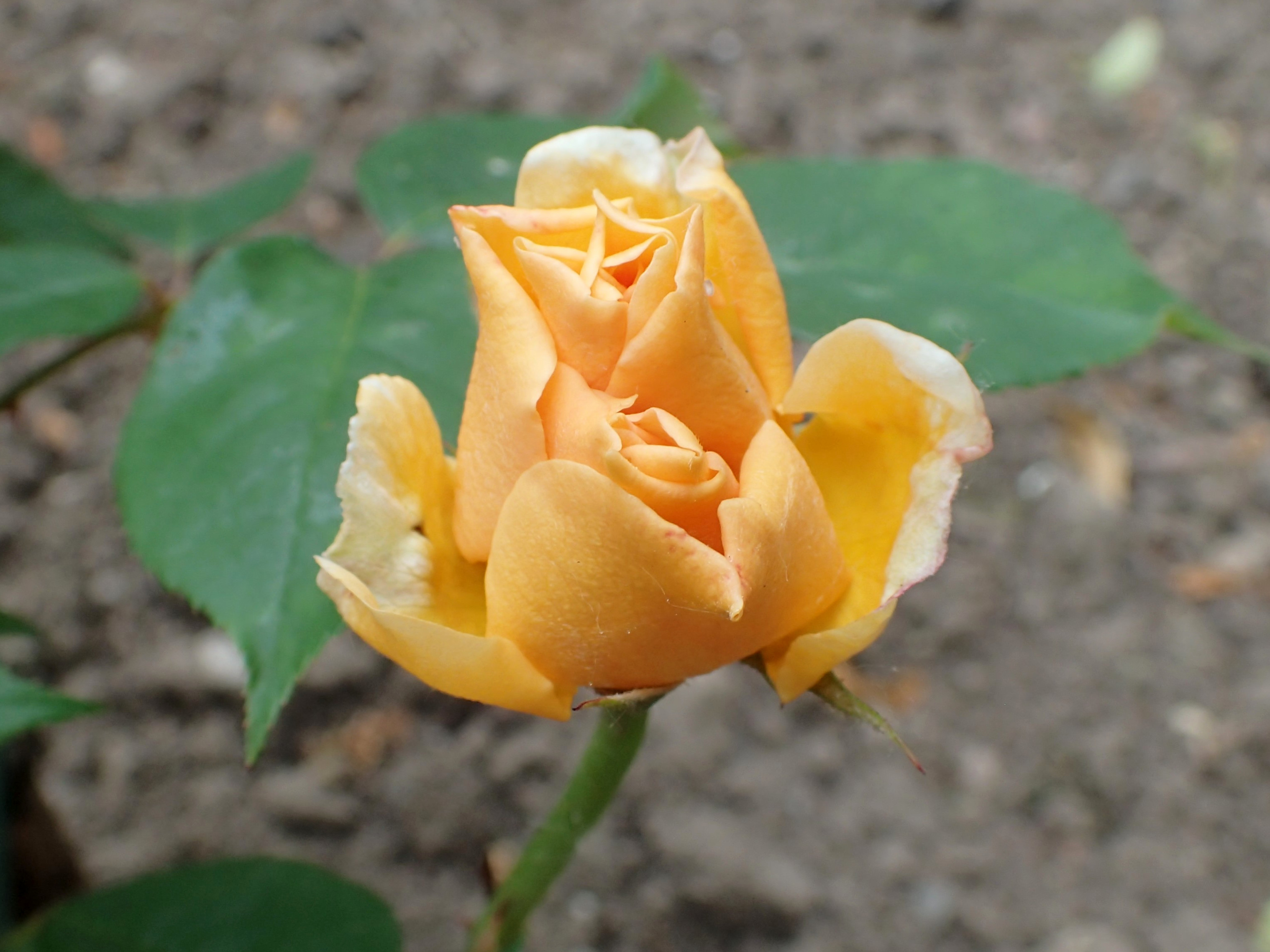
‘William Allen Richardson’, Veuve Ducher, 1878
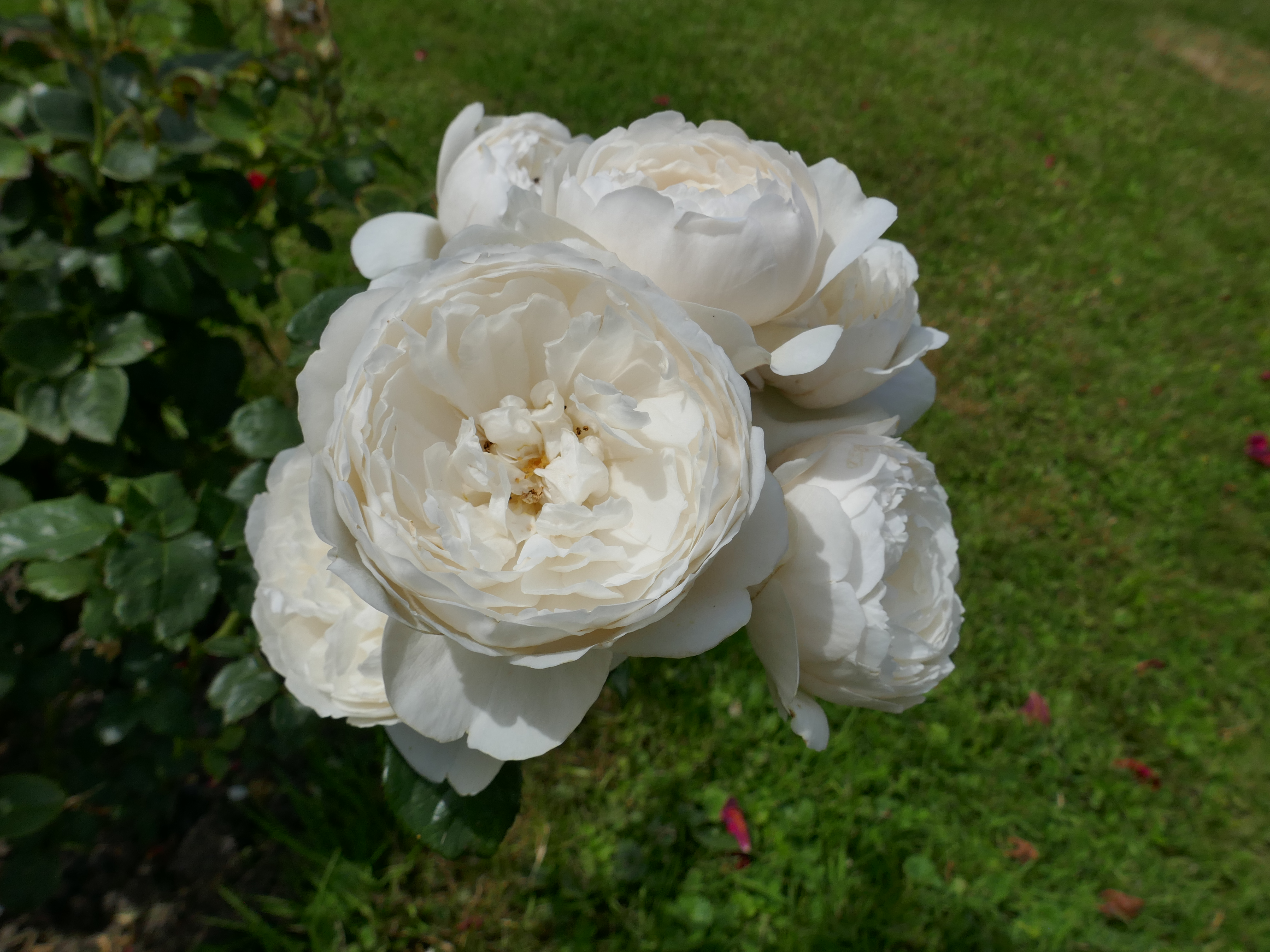
‘William and Catherine’, Austin, 2011
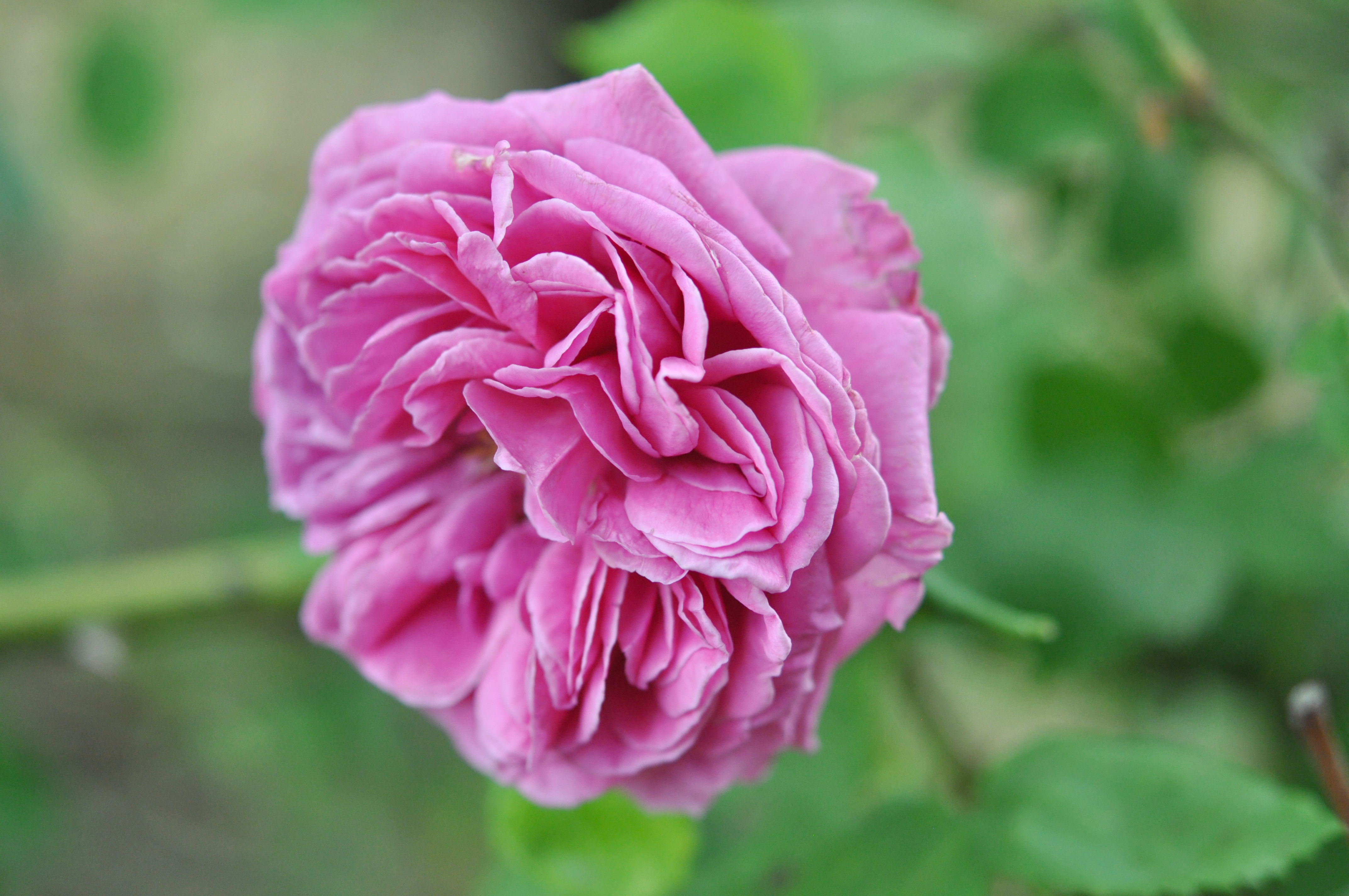
‘William Lobb’, Jean Laffay, 1855
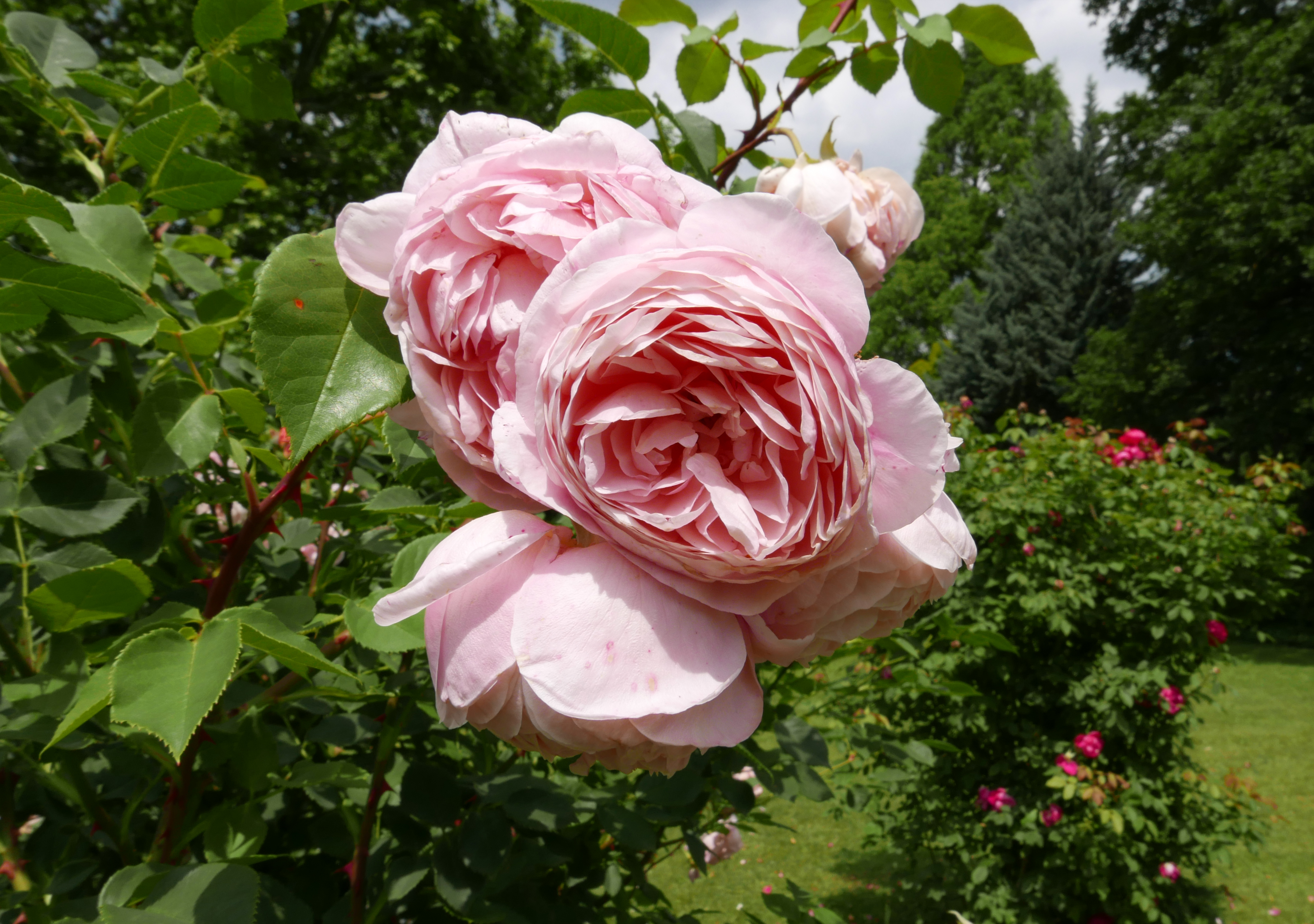
‘William Morris, Austin, 1998
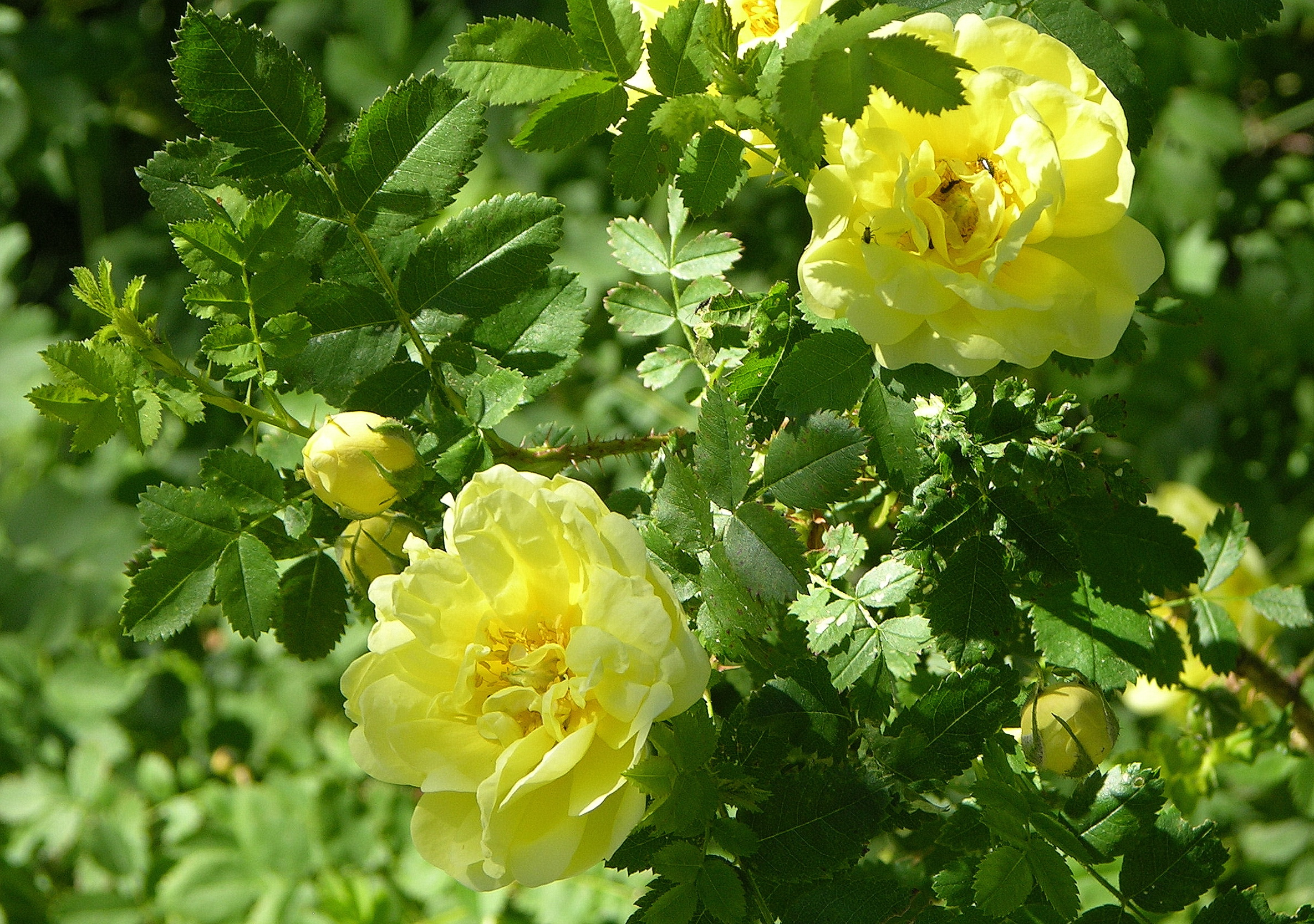
‘William’s Double Yellow’, John Williams, 1820
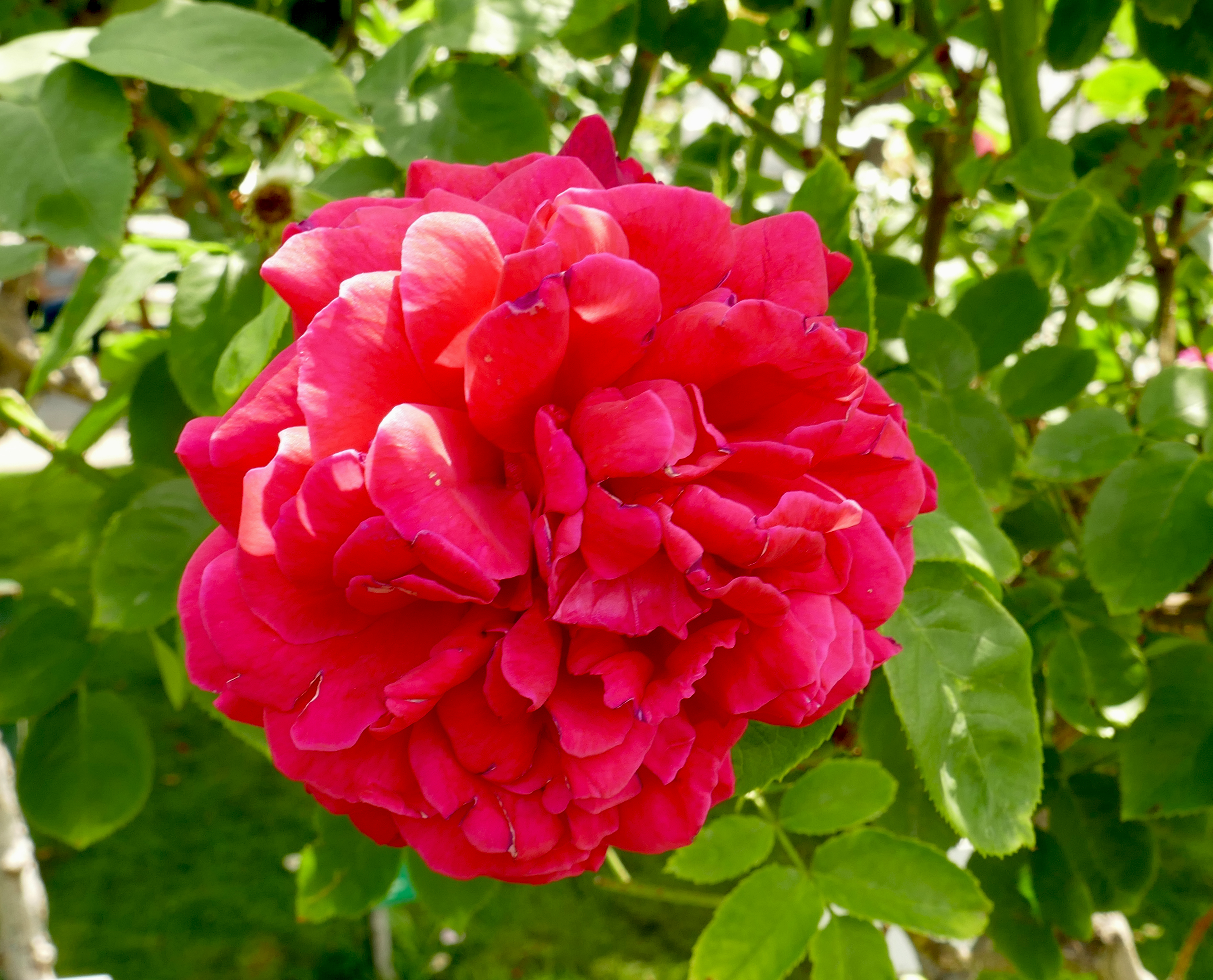
‘William Shakespeare’, Austin, 1987
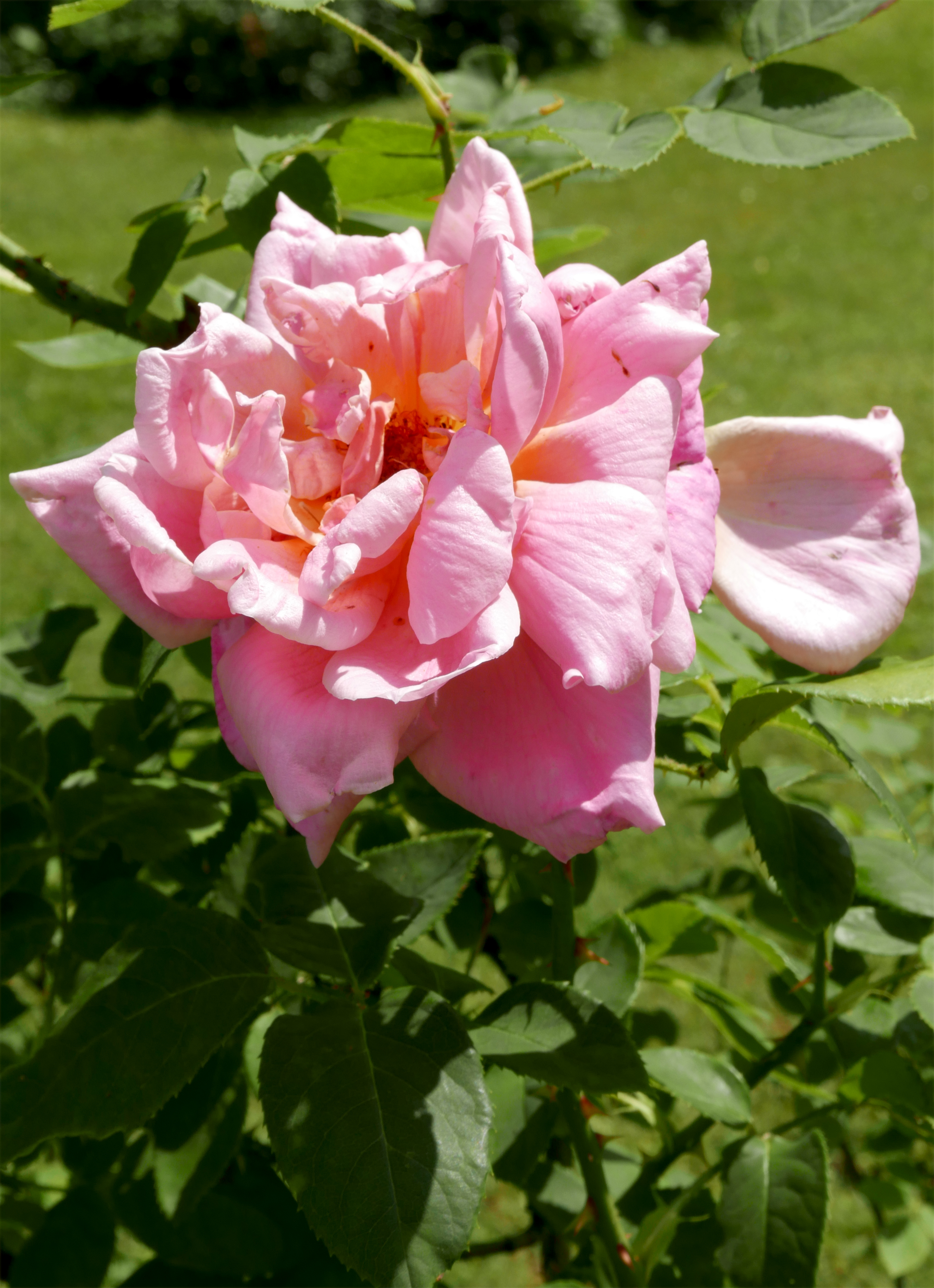
‘Willowmere’, Pernet-Ducher, 1913
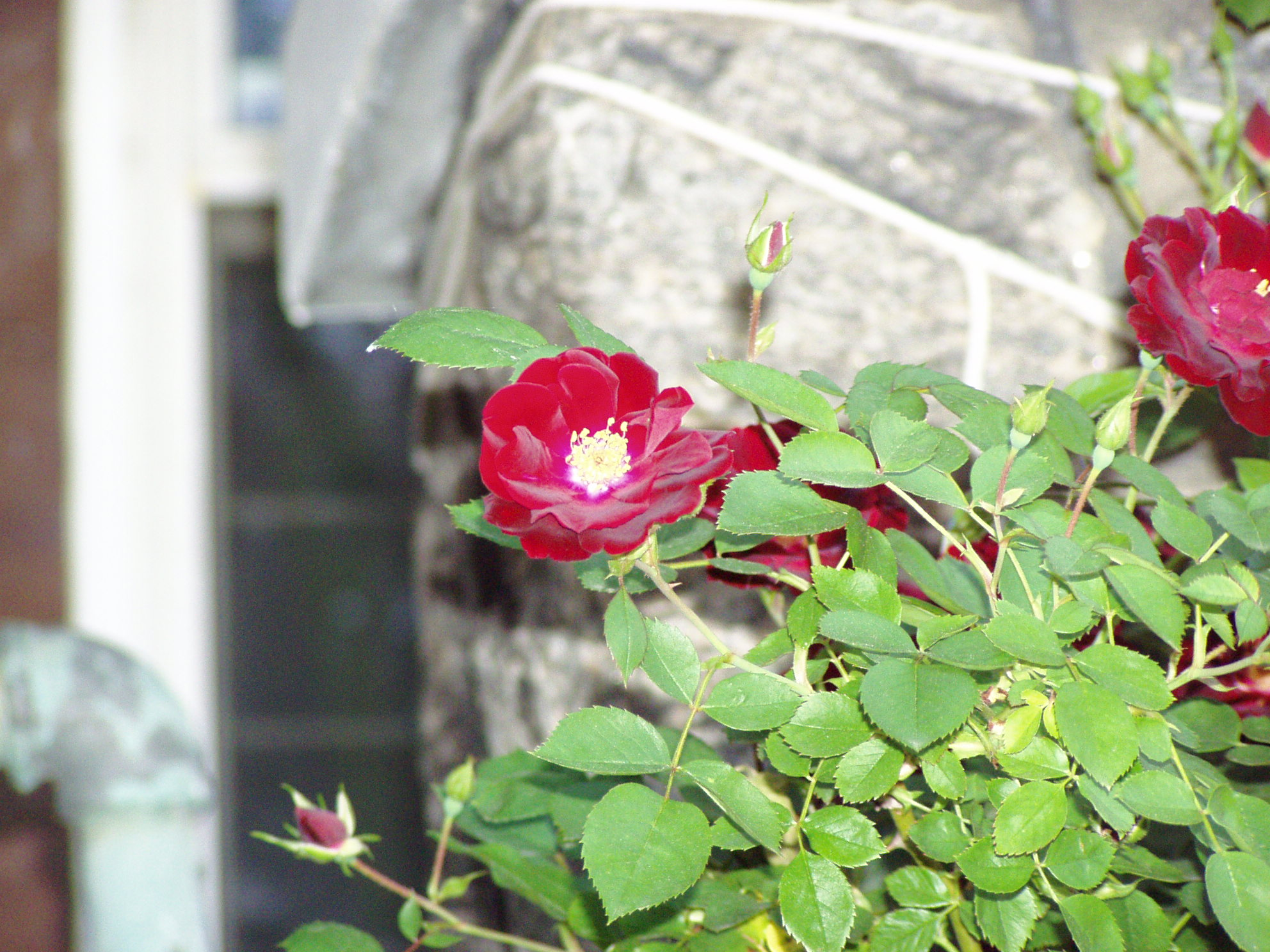
Will Scarlet Hilling, 1948
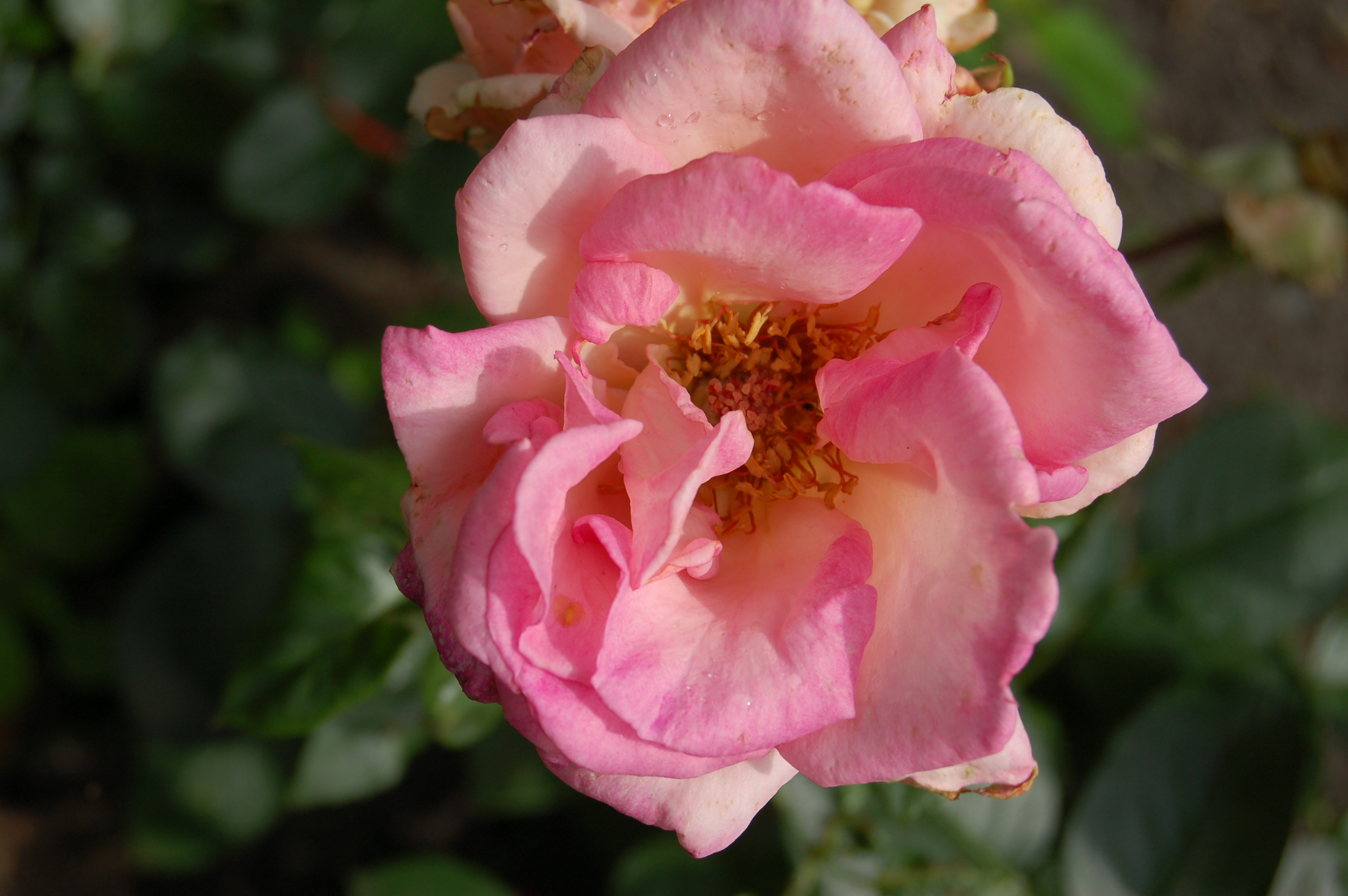
‘Wimi’, M. Tantau jun., 1983
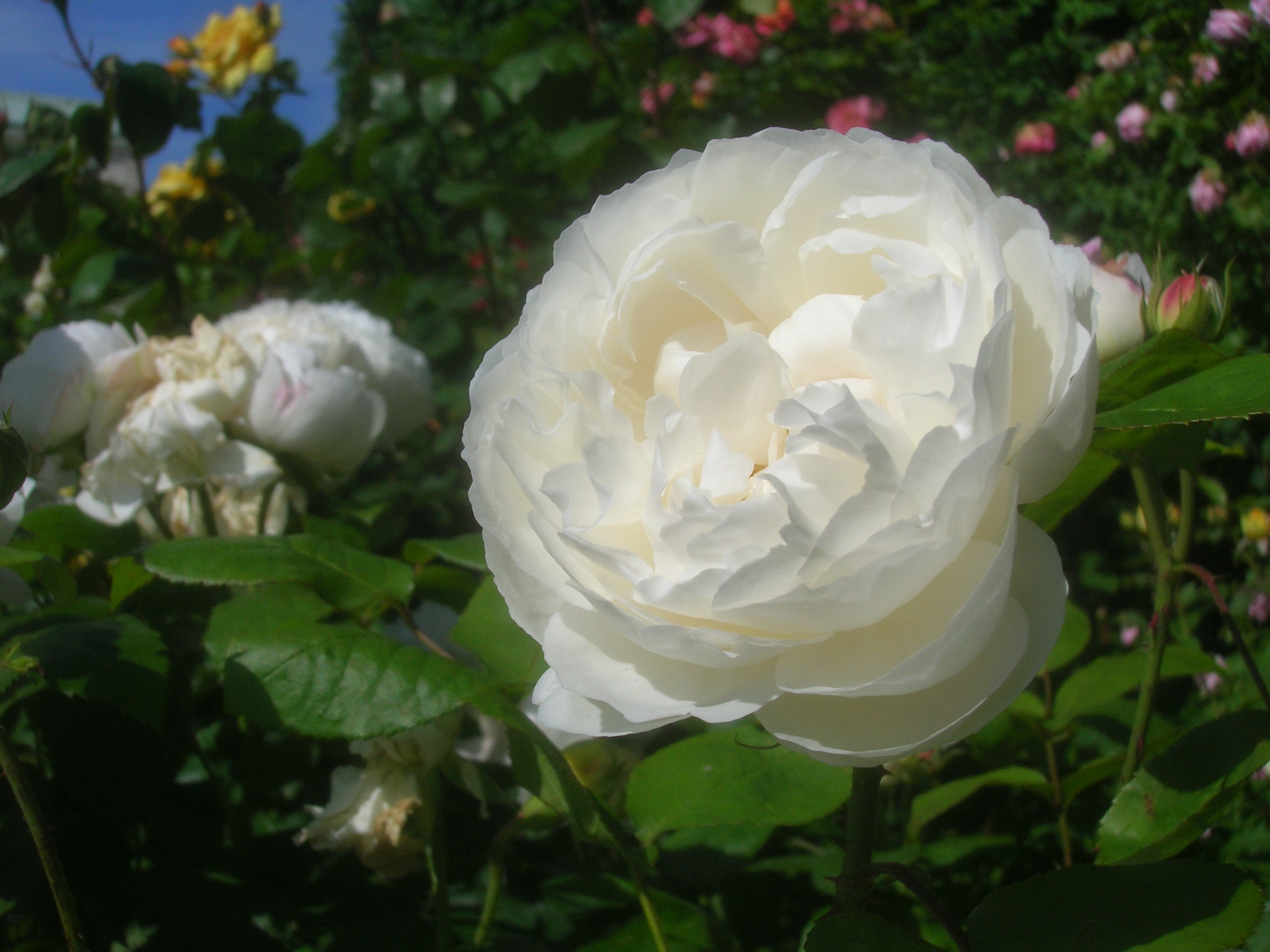
‘Winchester Cathedral’, David Austin, 1988
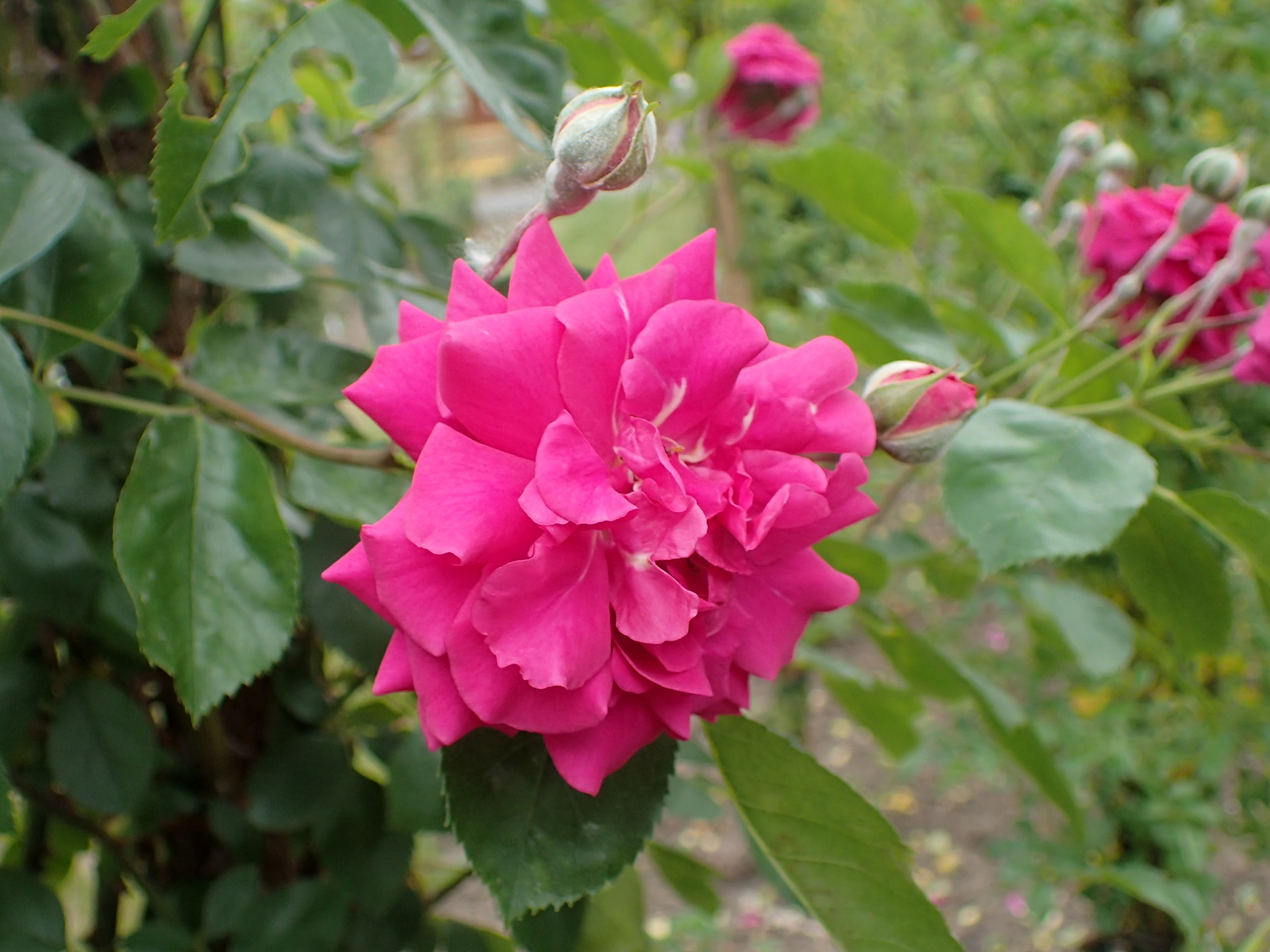
‘Windermere’, Chaplin Bros., 1932
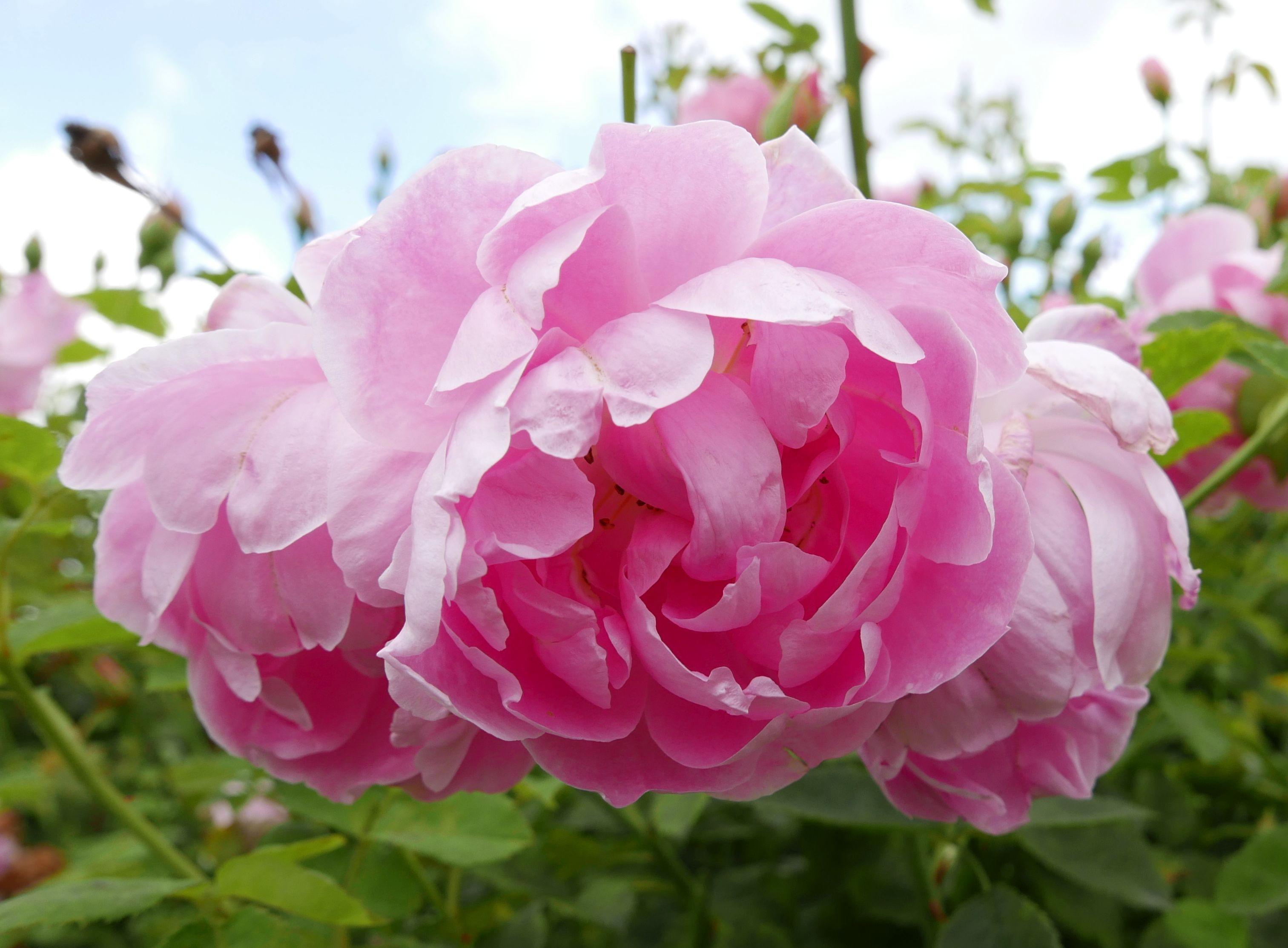
‘Windflower’, Austin, 1997
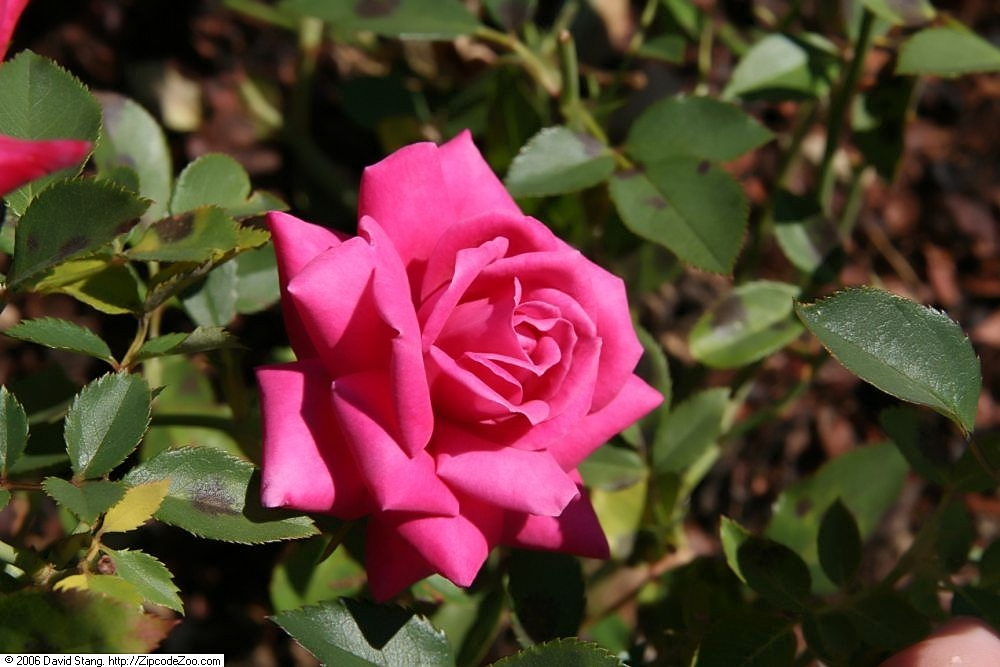
‘Winsome’, F. Harmon Saville, 1984
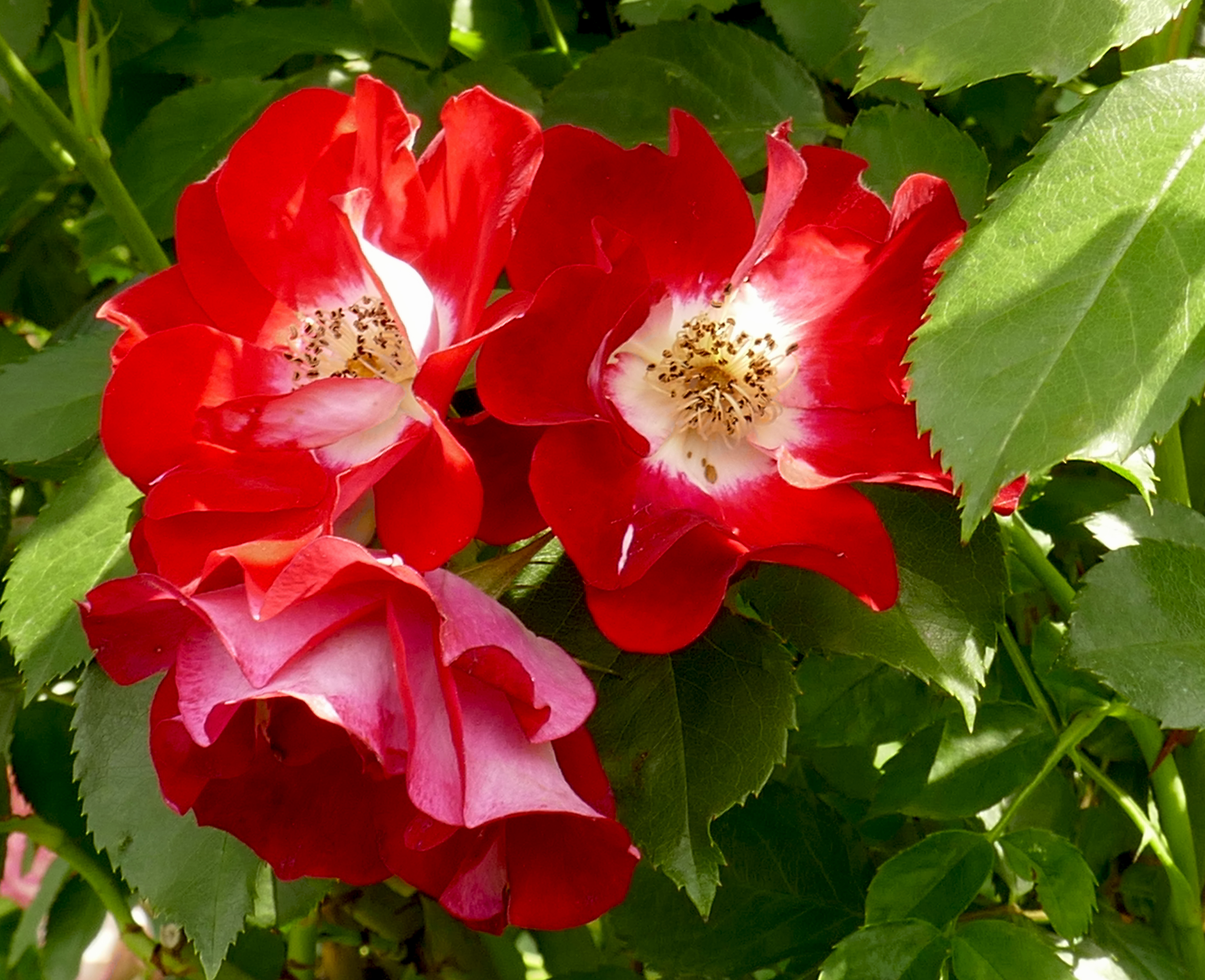
‘Winky Girl’, Vissers, 2010
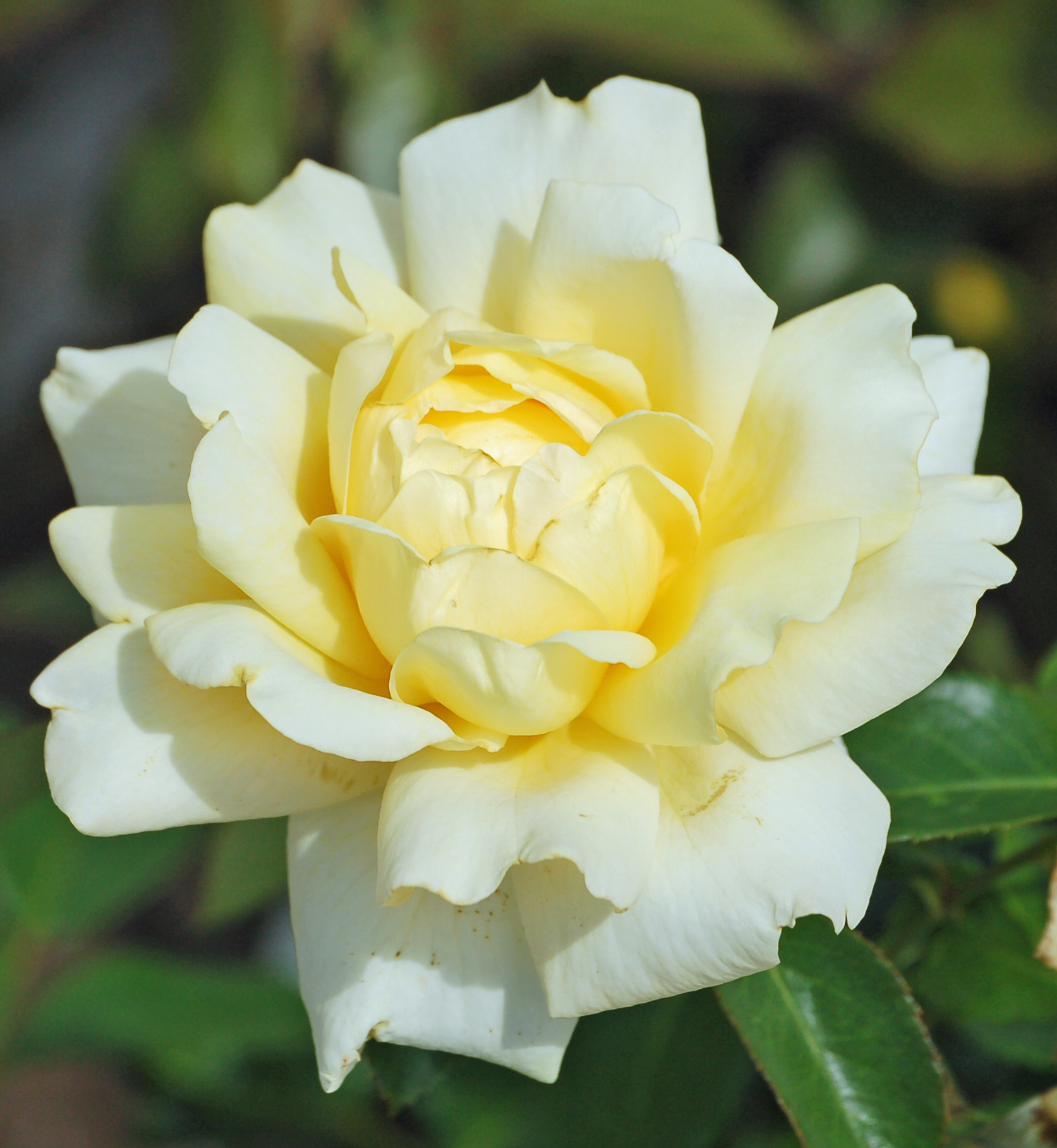
‘Winter Sun’, Kordes, 2010
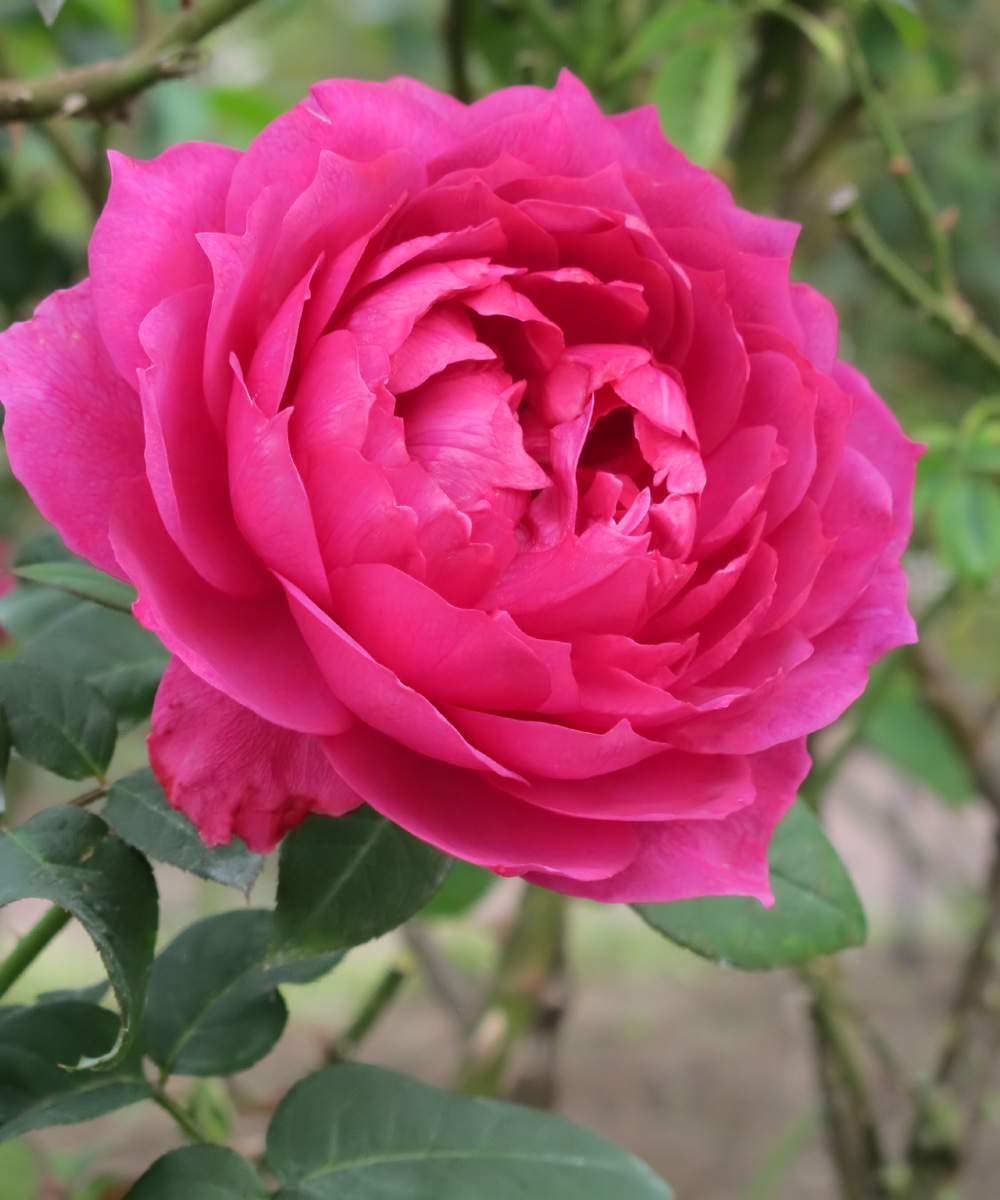
‘Wise Portia’, David Austin, 1982
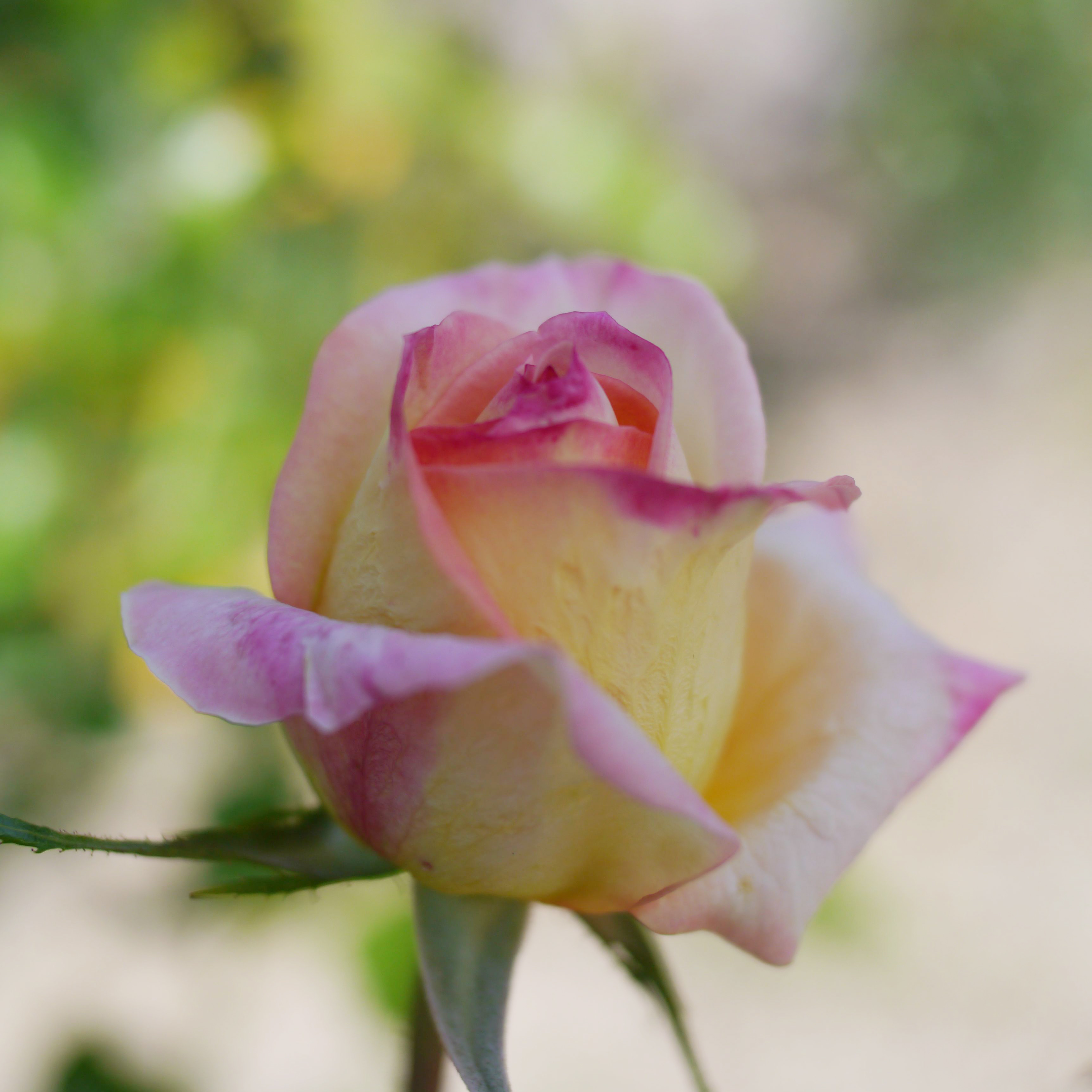
‘With Love’, Anderson, 1983
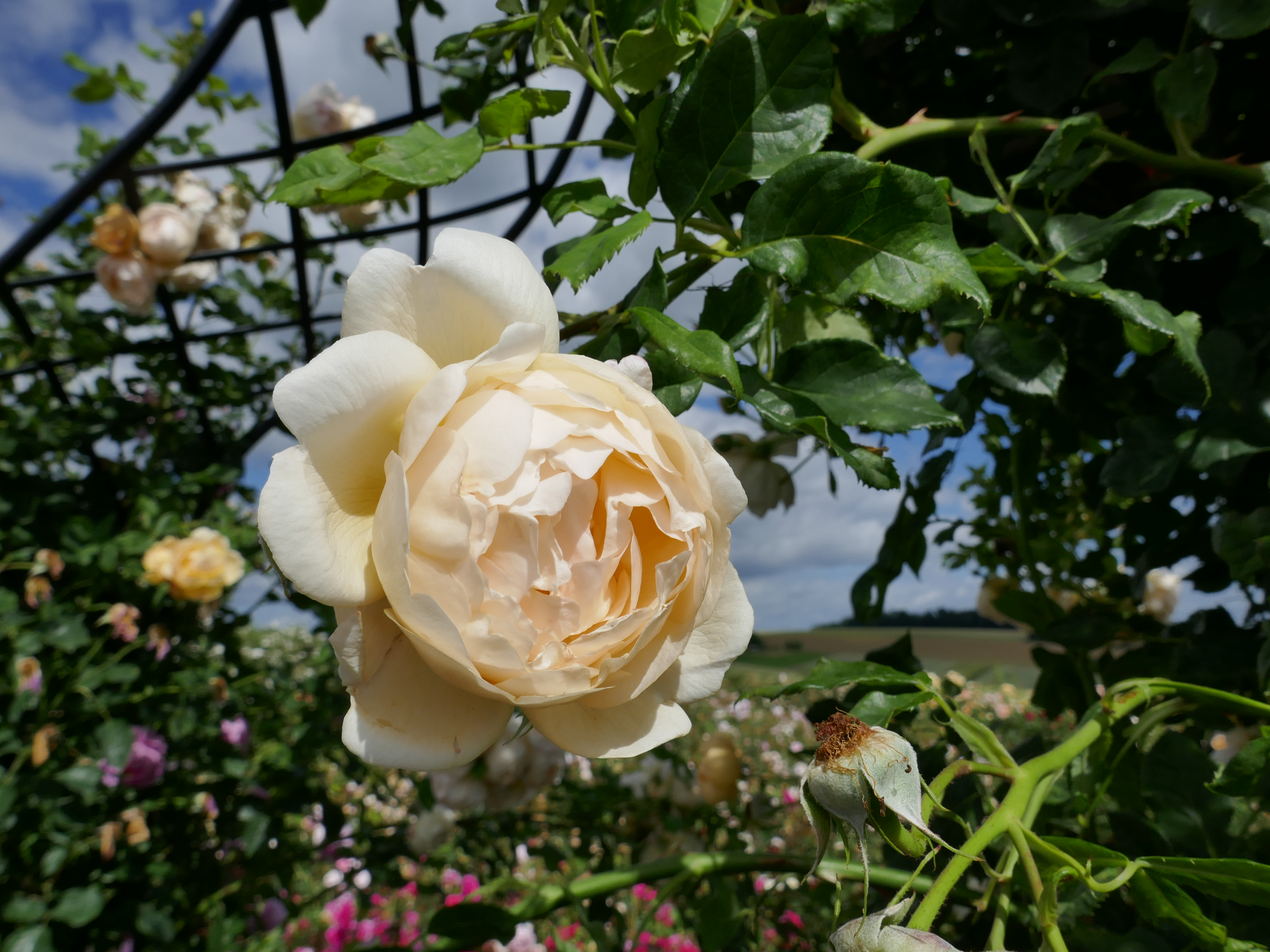
‘Wollerton Old Hall’, Austin, 2011
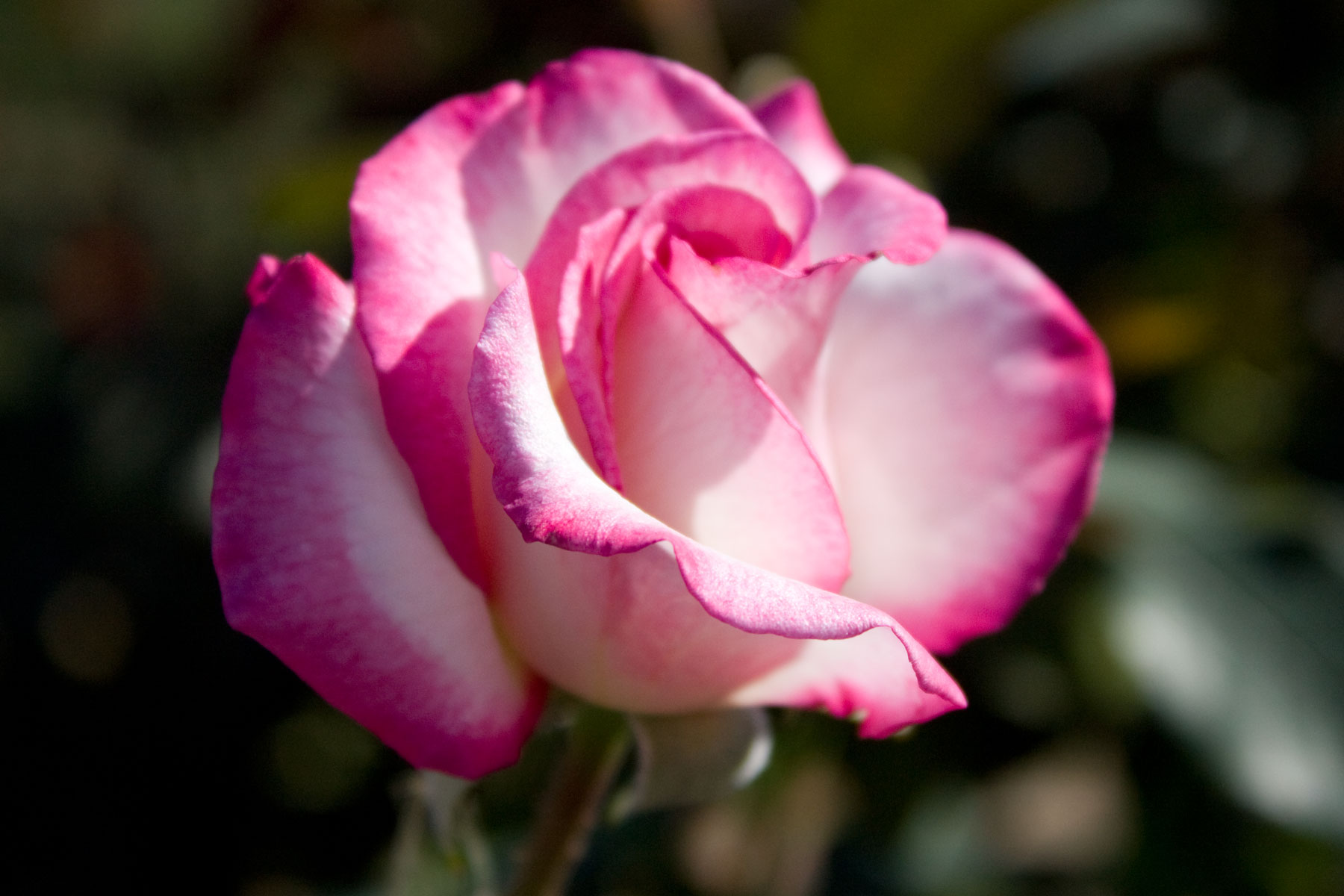
‘Woman’s Day’, Eric T. Welsh, 1993
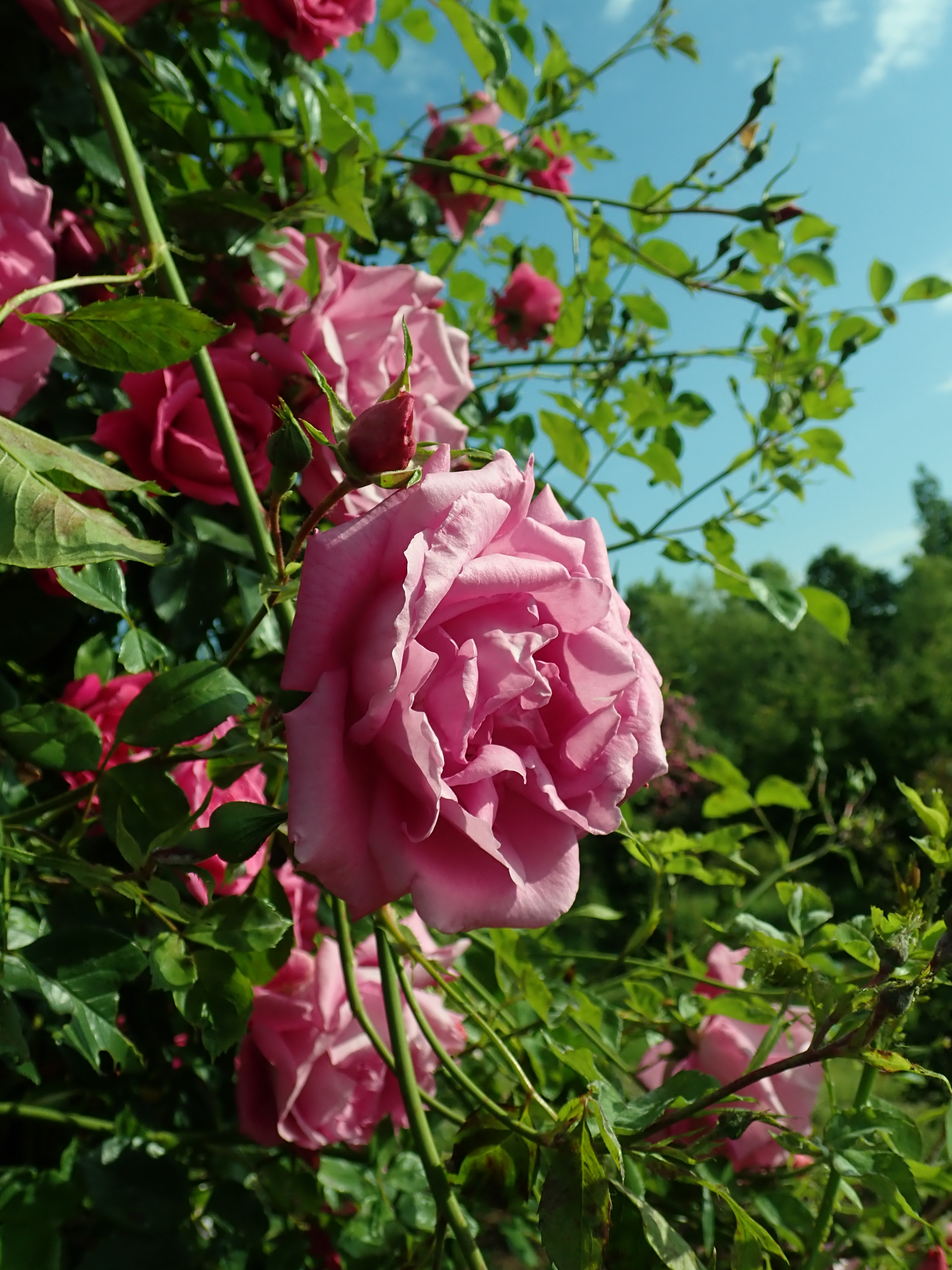
‘Wrams Gunnarstorp’, unbekannt

## X

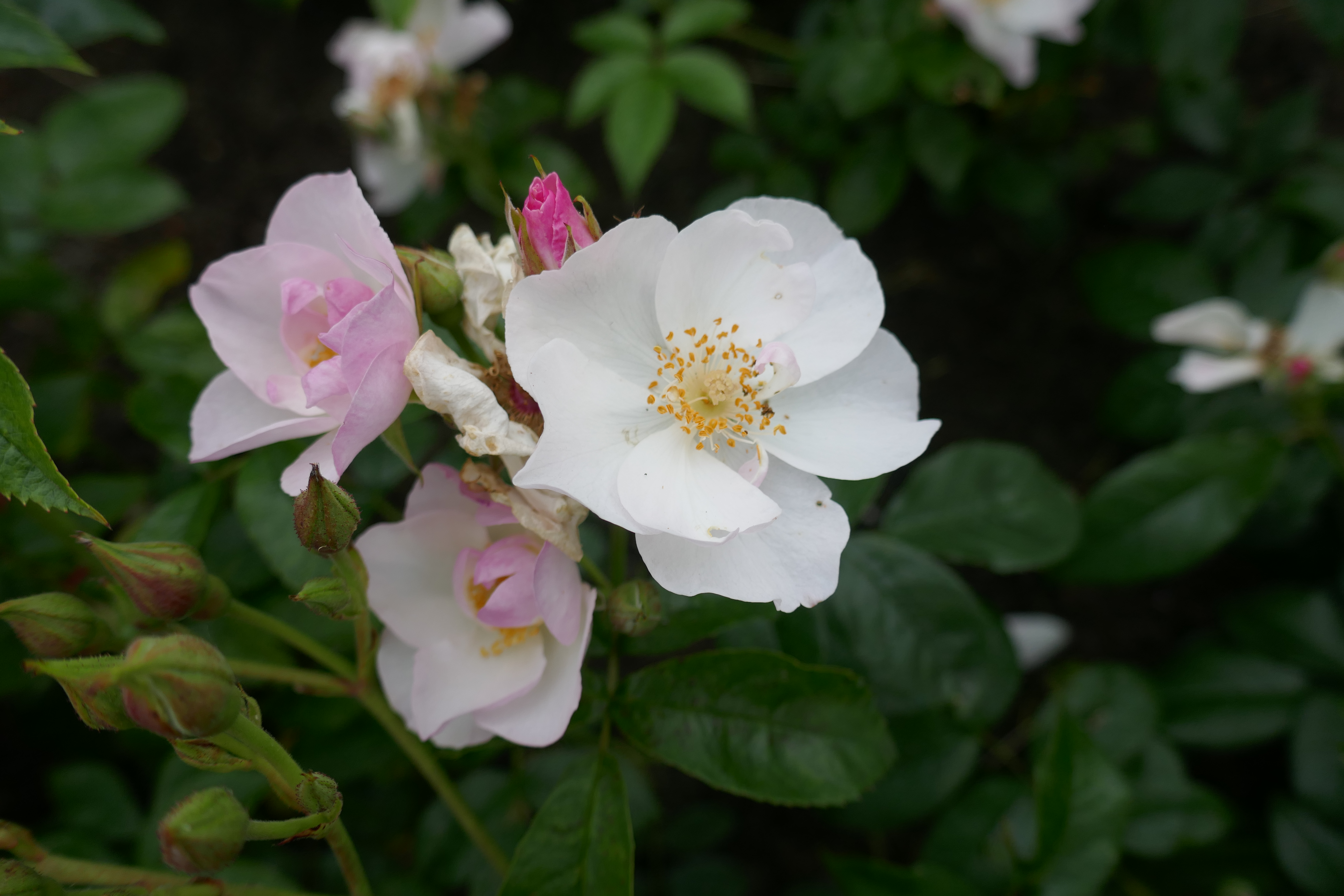
‘Xantippe’, DvP Departement voor Plantengenetica, vor 2003
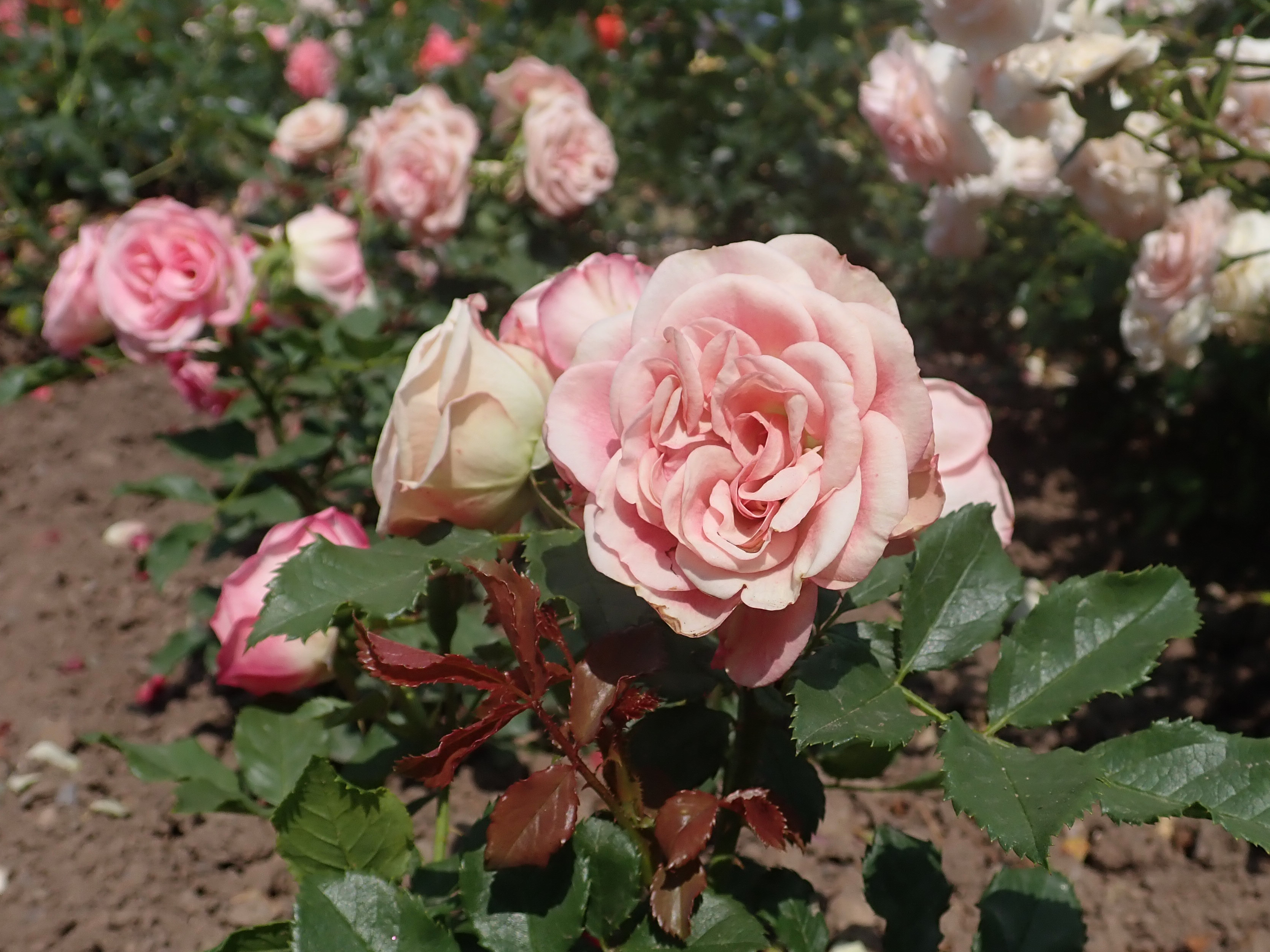
‘Xenia’, Kordes, 2020

## Y

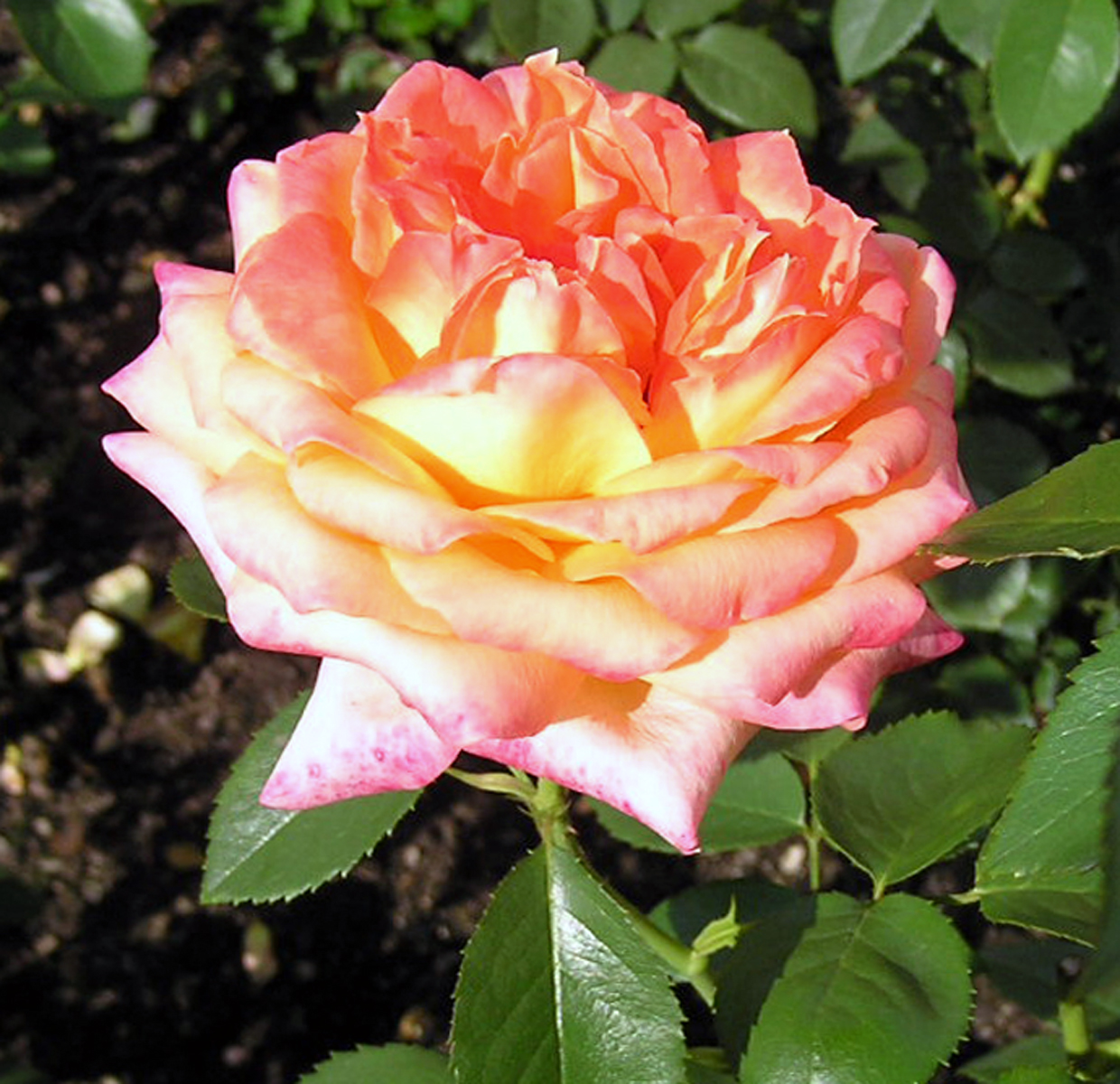
‘Yankee Doodle’, Kordes, 1965
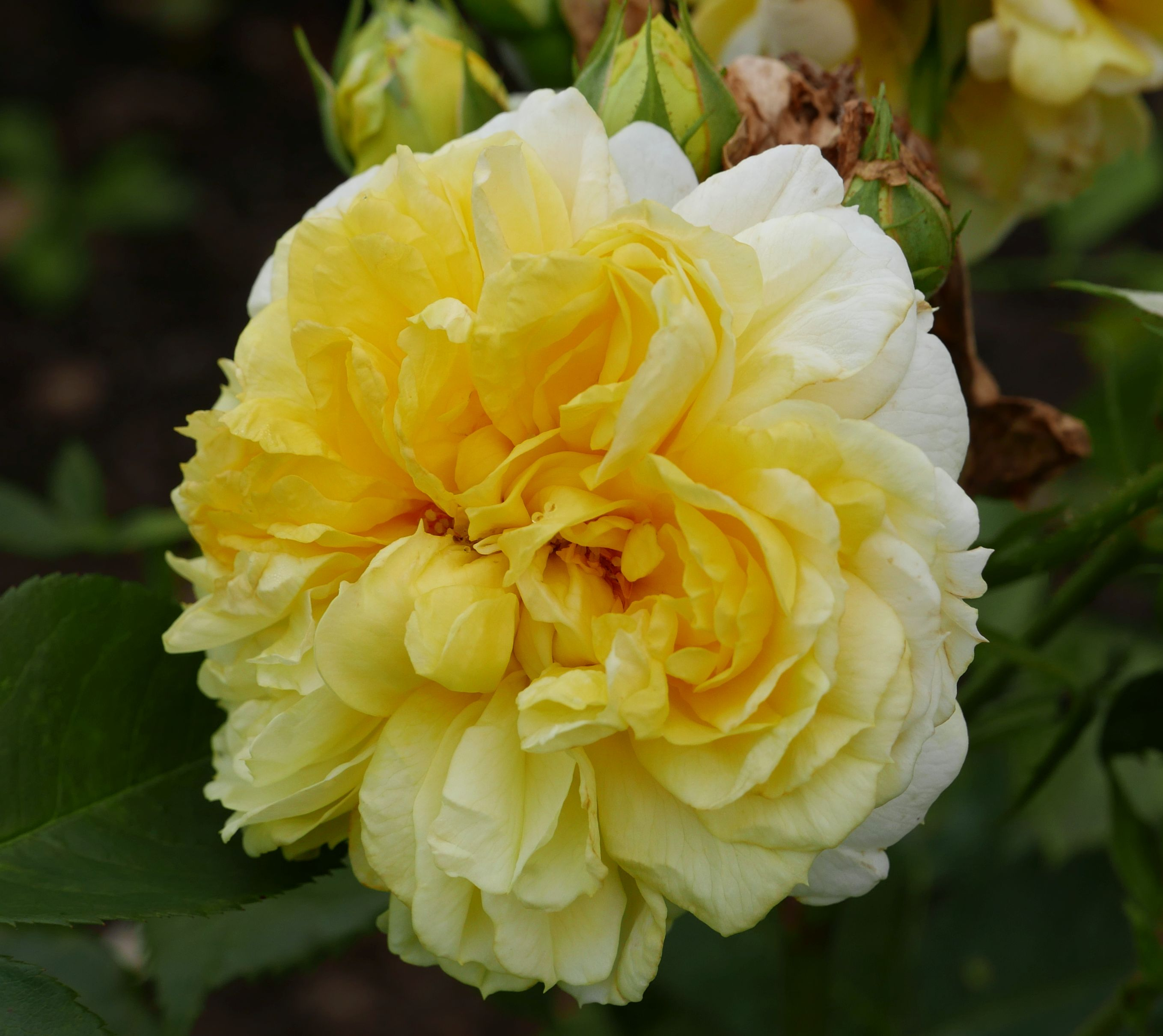
‘Yellow Button’, Austin, 1975
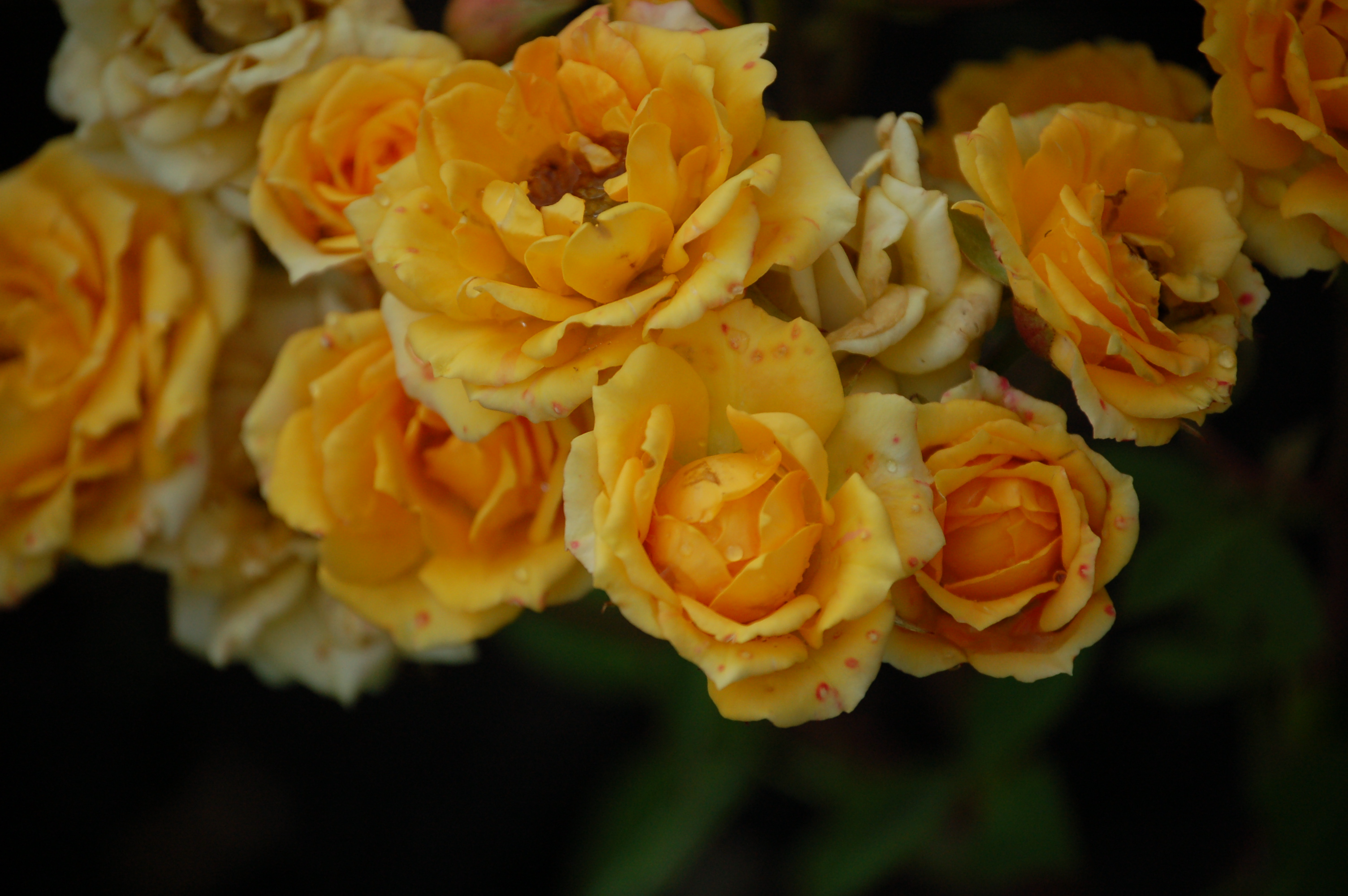
‘Yellow Clementine’, Tantau, 2005
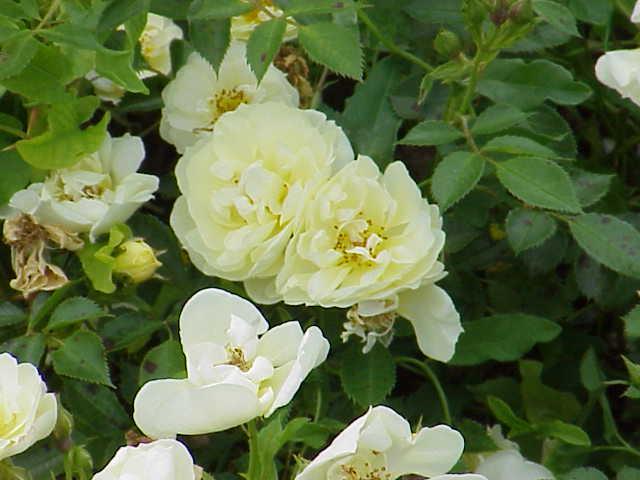
‘Yellow Cover’, Poulsen, 1993
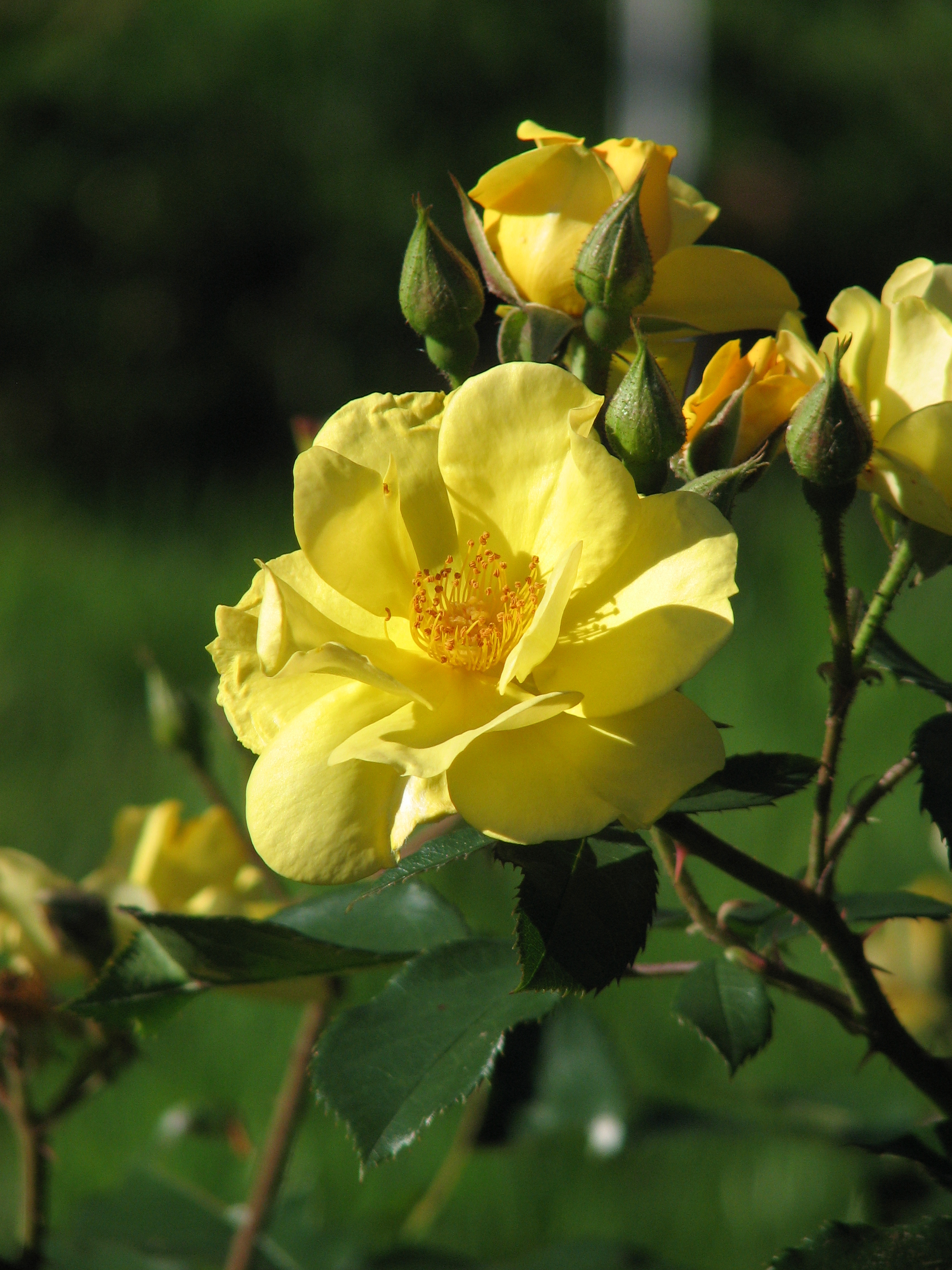
‘Yellow Fleurette’, Interplant, 1994
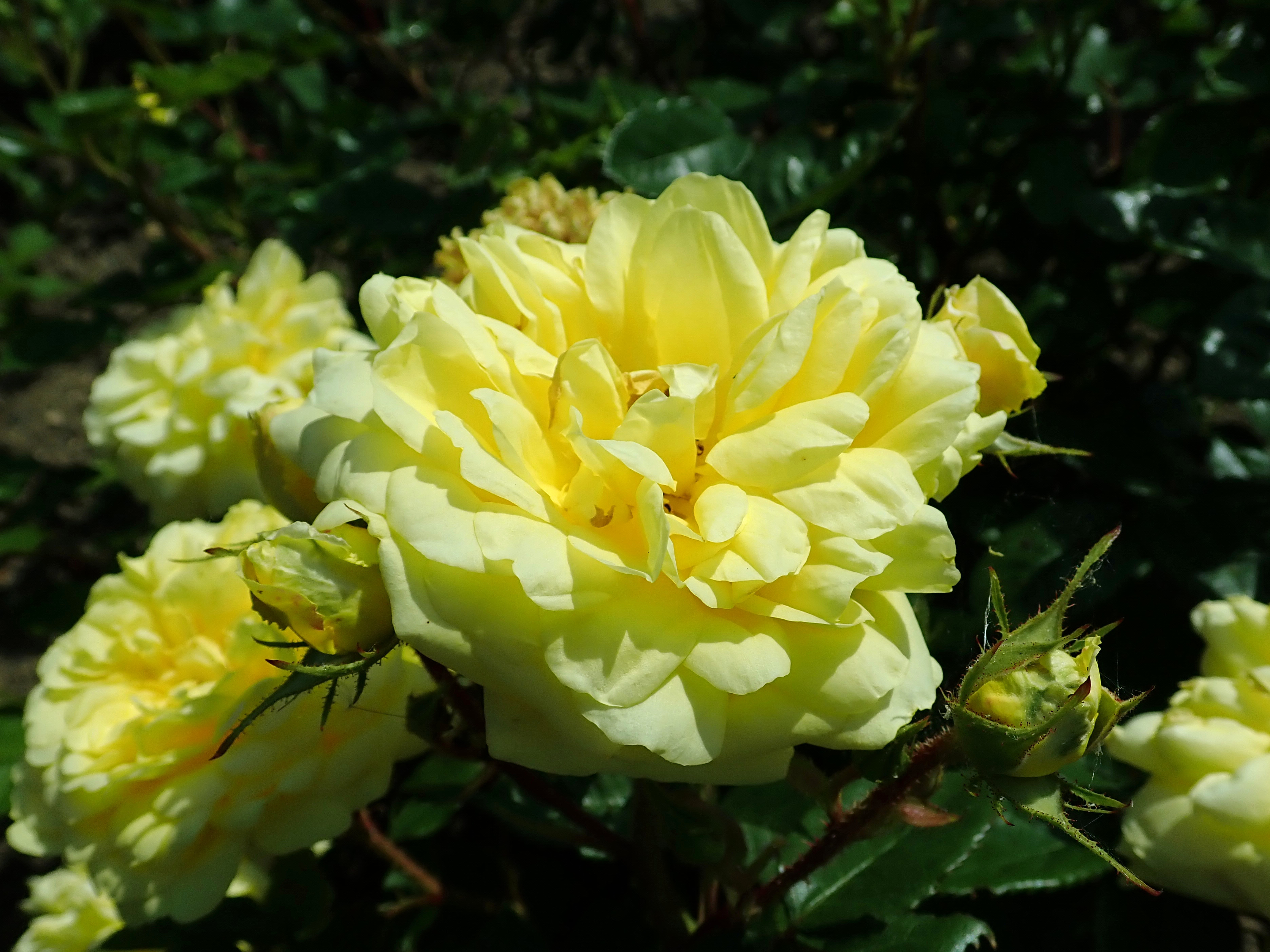
‘Yellow Meilove’ (eigtl. ‘Belle Romantica’), Meilland, 2006
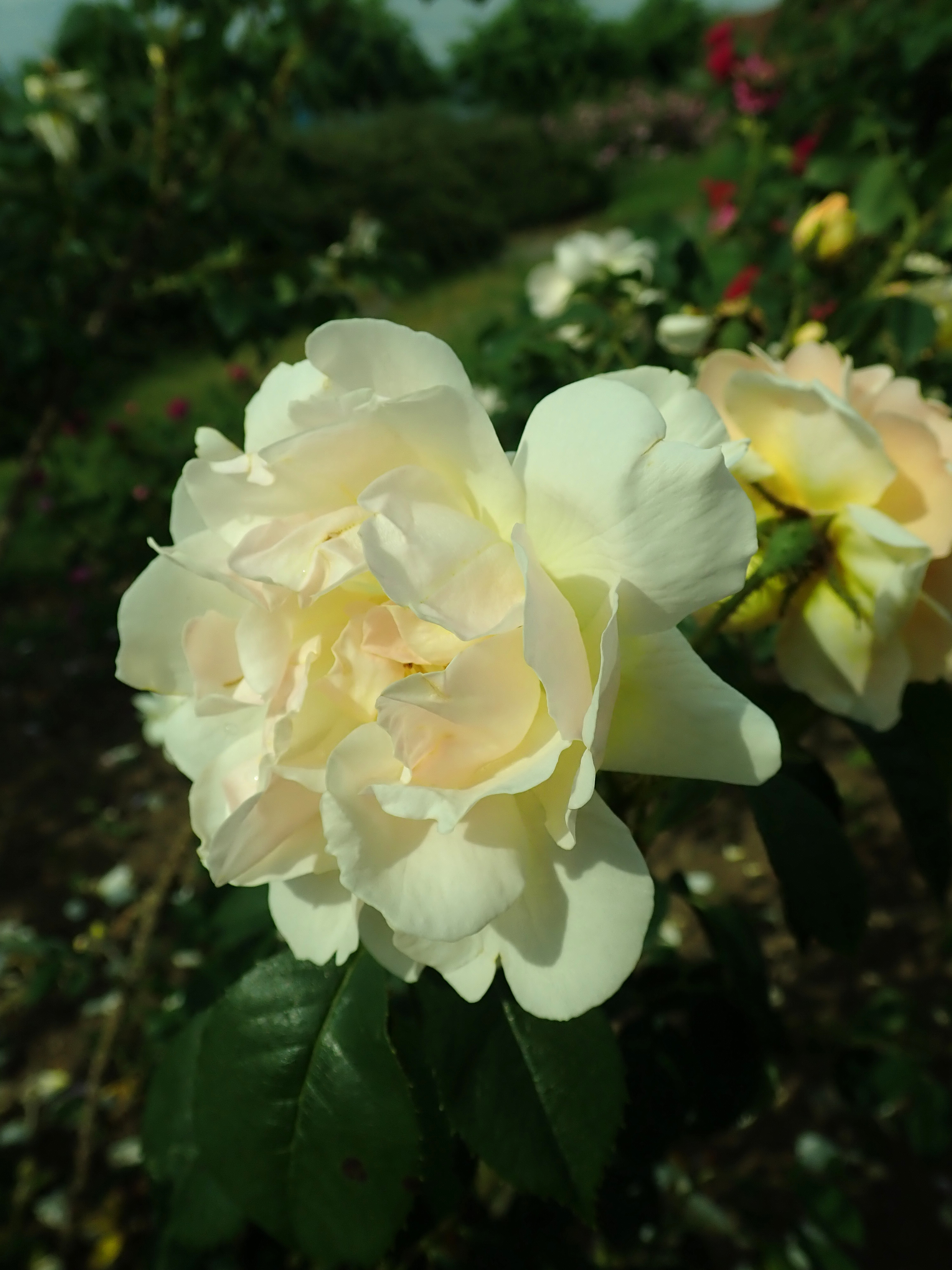
‘Yellow Moss’, Louis Walter/Jackson & Perkins, 1932
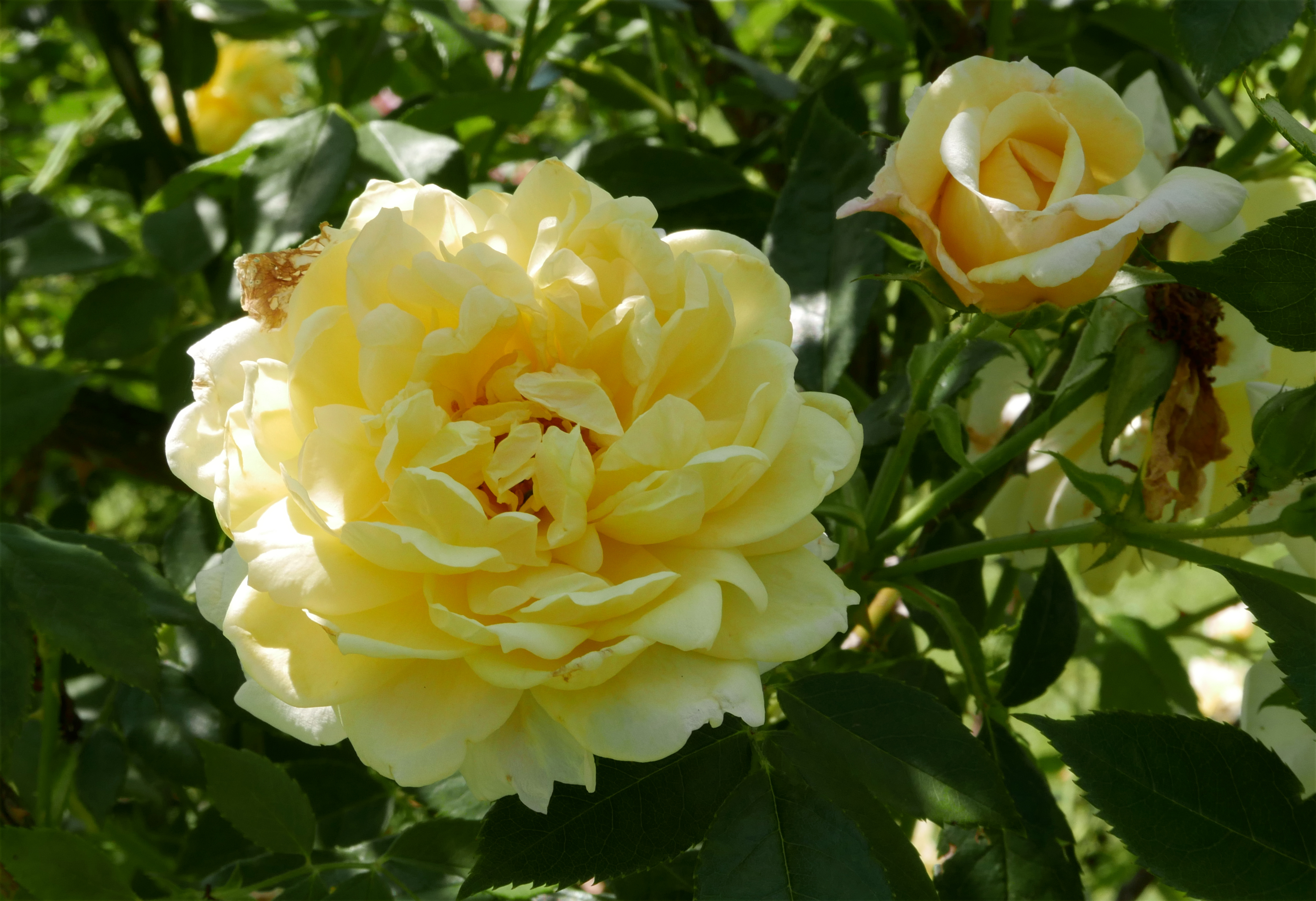
‘Yellow Romantica’, Meilland, 1995
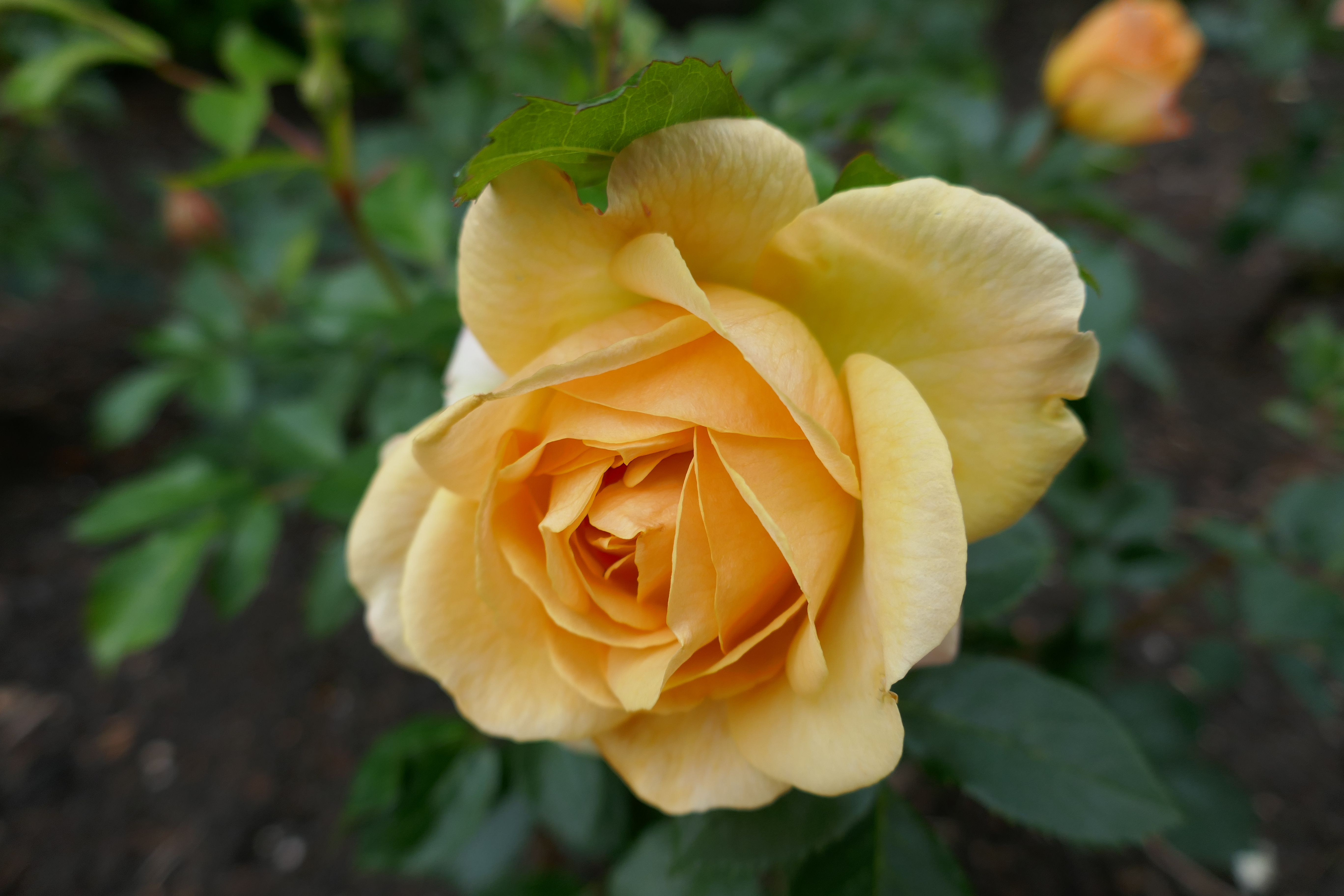
‘Yellow Romanza’, Jan Spek, 2019
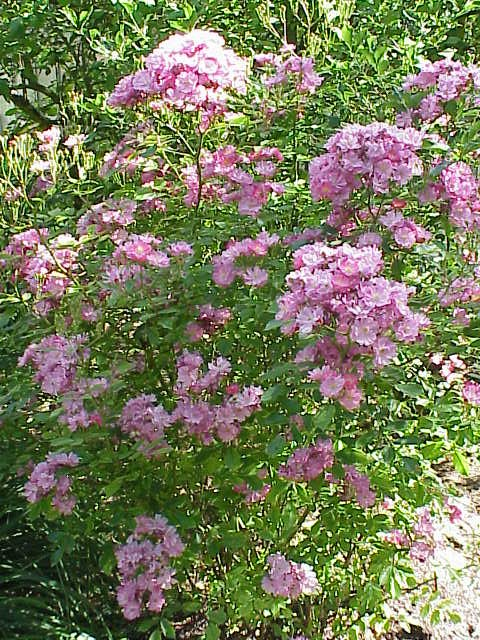
‘Yesterday’, Harkness, 1974
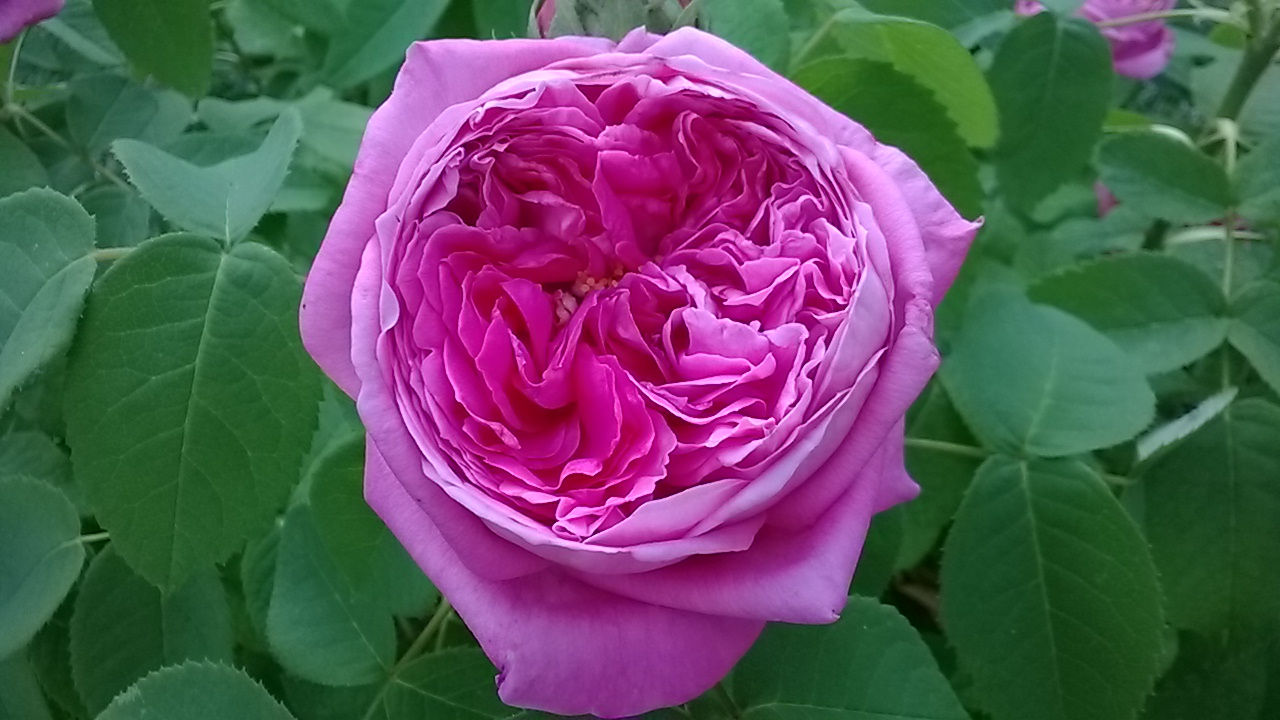
‘Yolande d’Aragon’, Vibert, 1843
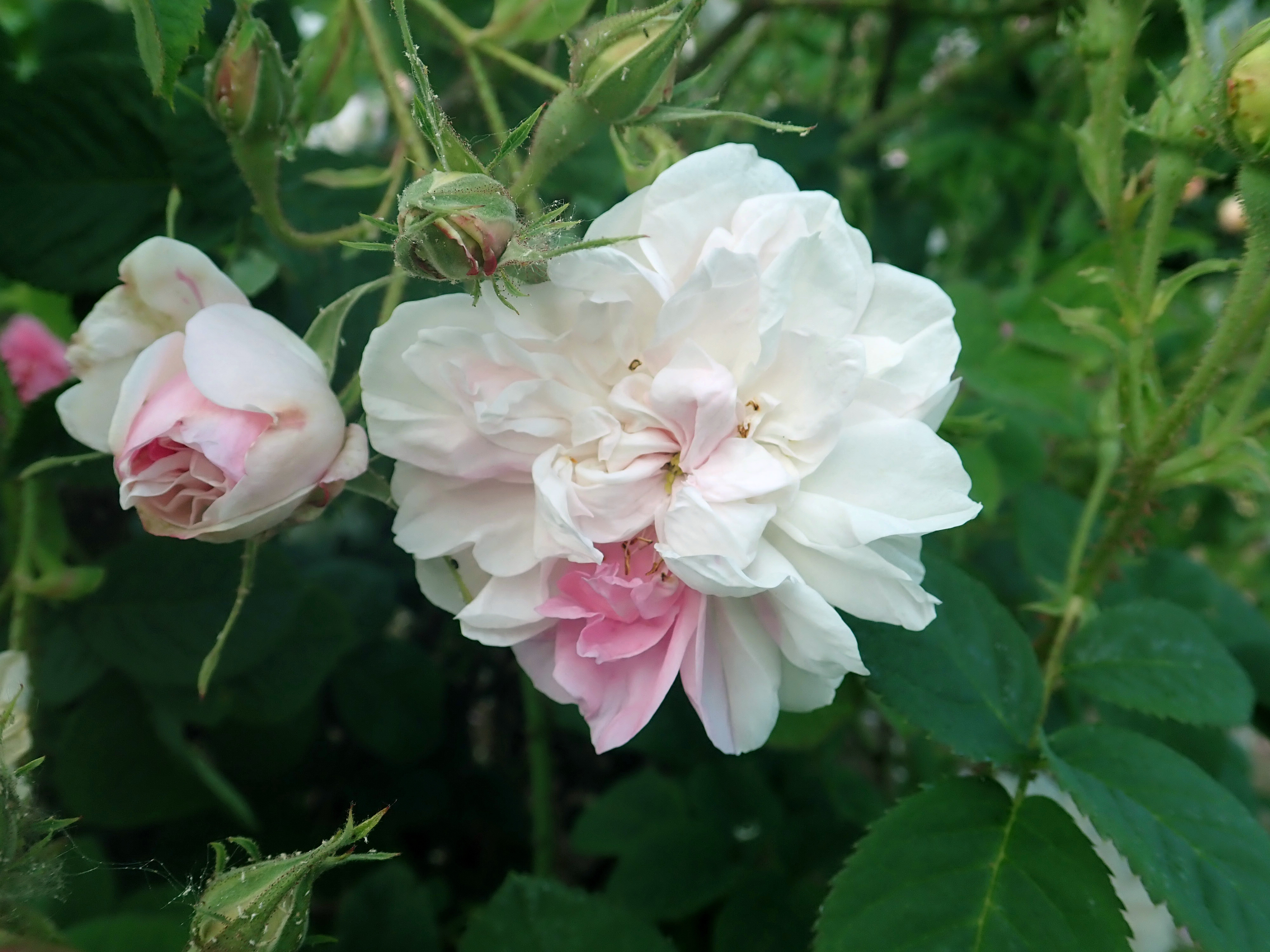
‘York and Lancester’, vor 1551
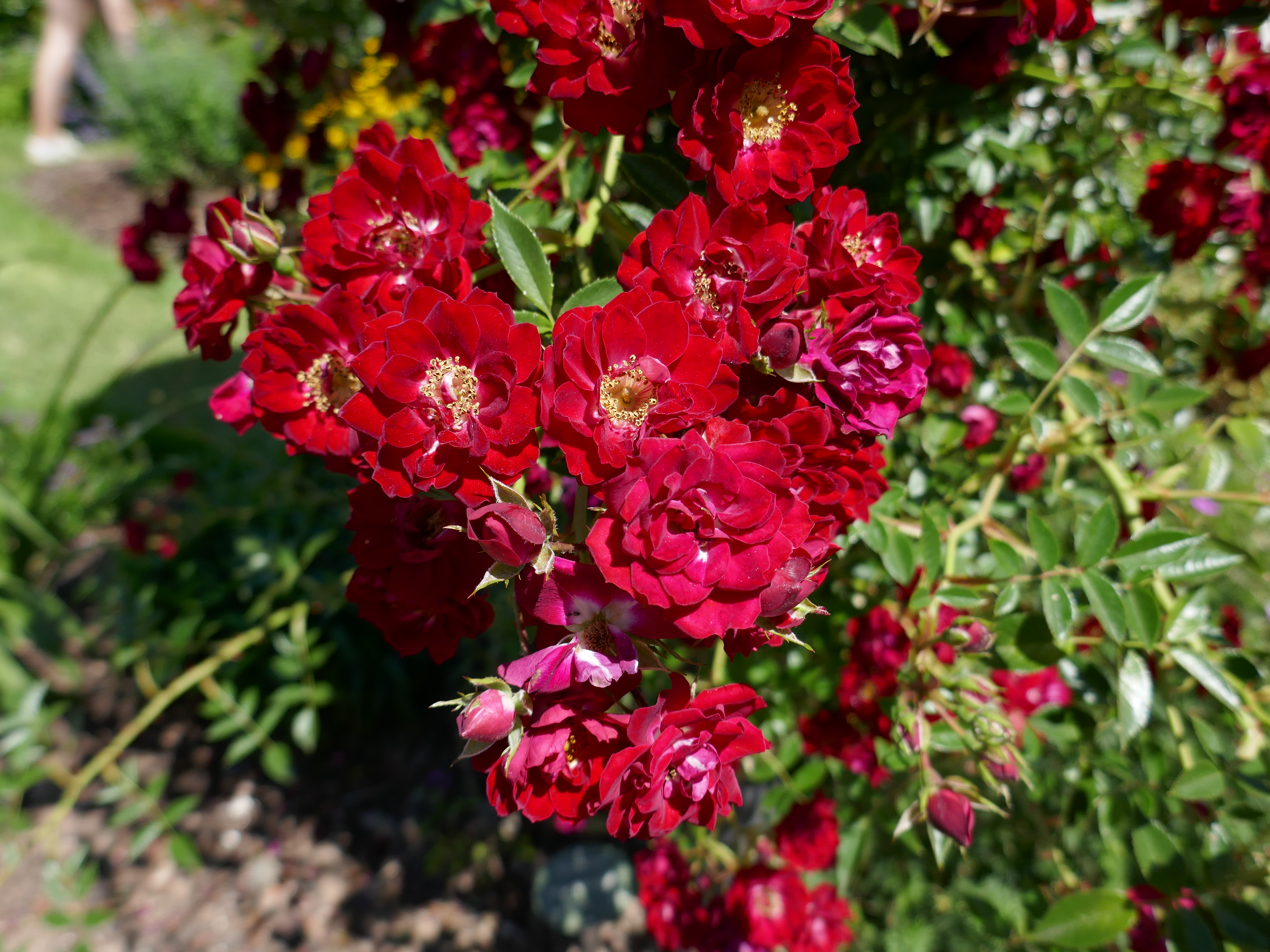
‘Yosemite Falls’, Verschuren, 2004
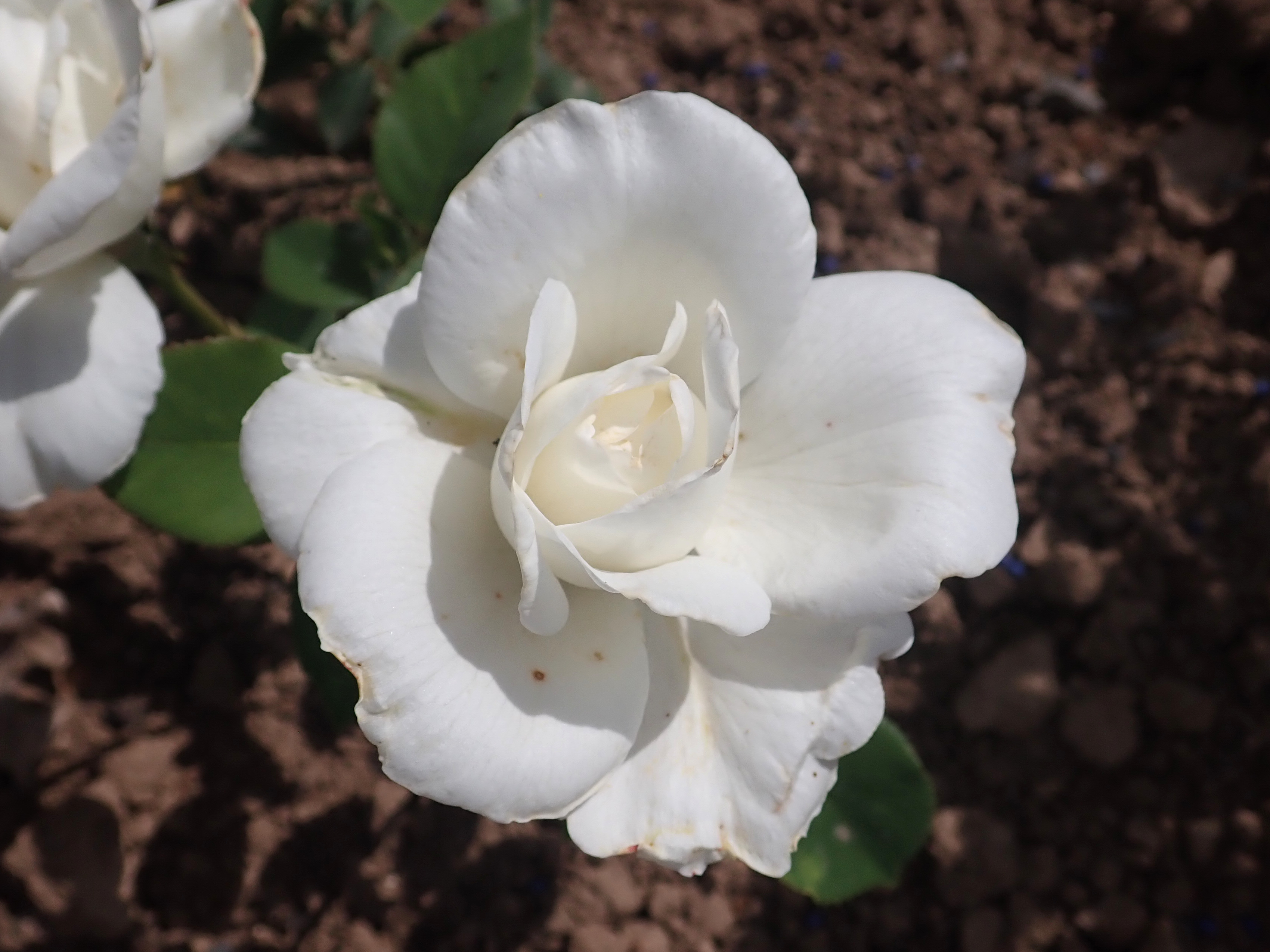
‘Youki San’, Meilland, 1965
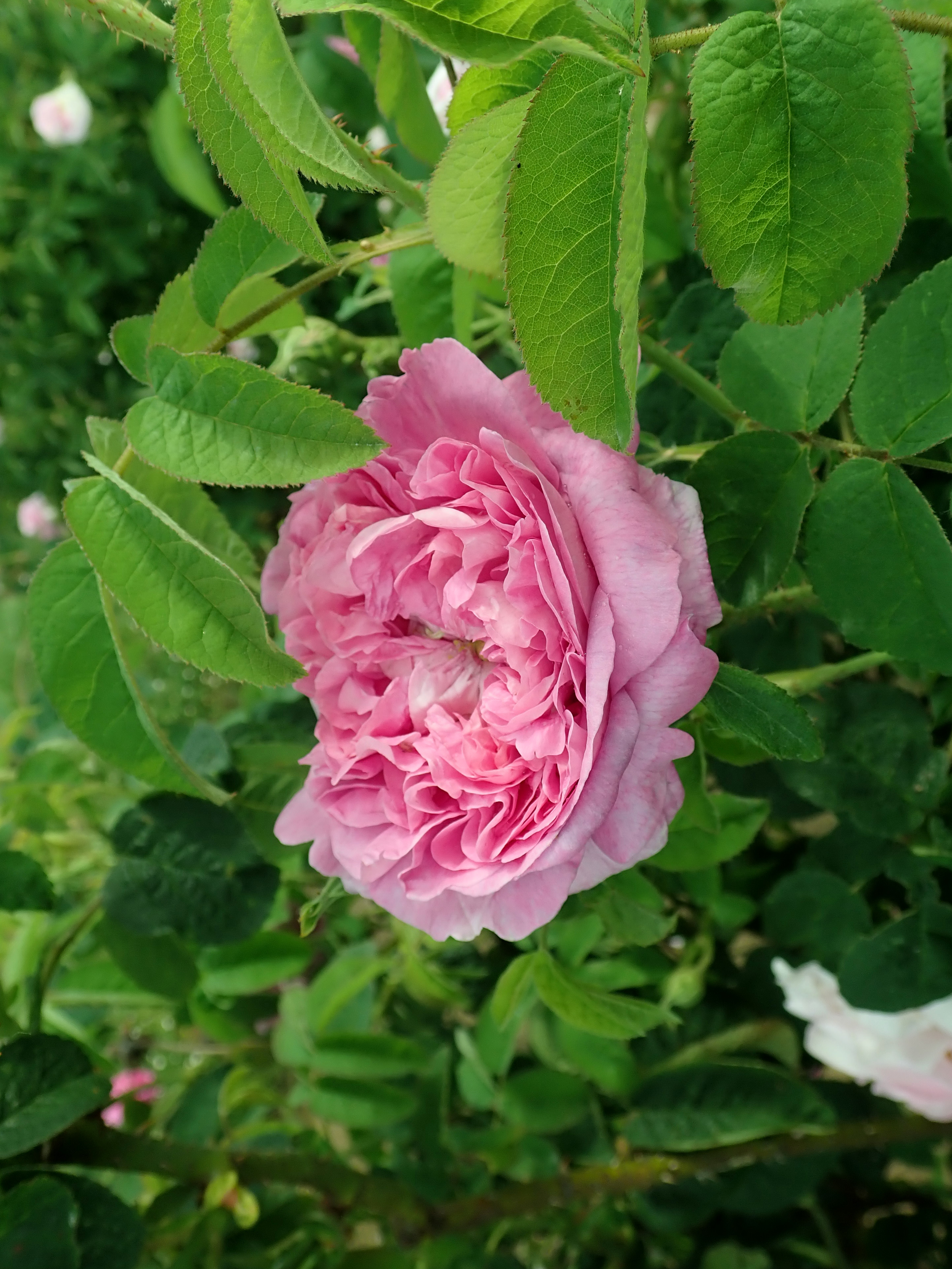
‘Ypsilanti’, Vibert, 1821
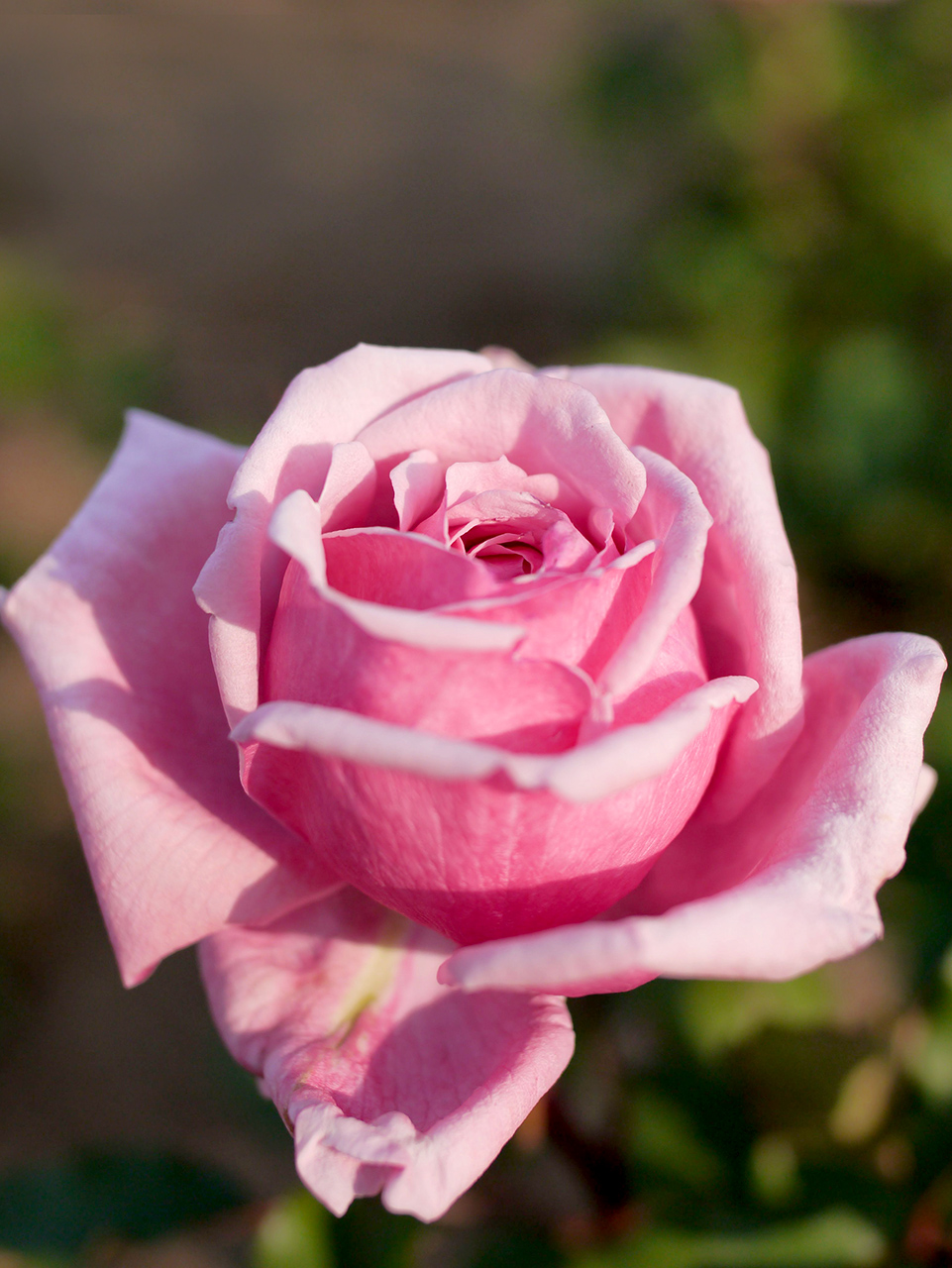
‘Yua’, Keisei Rose Nursery, 2011
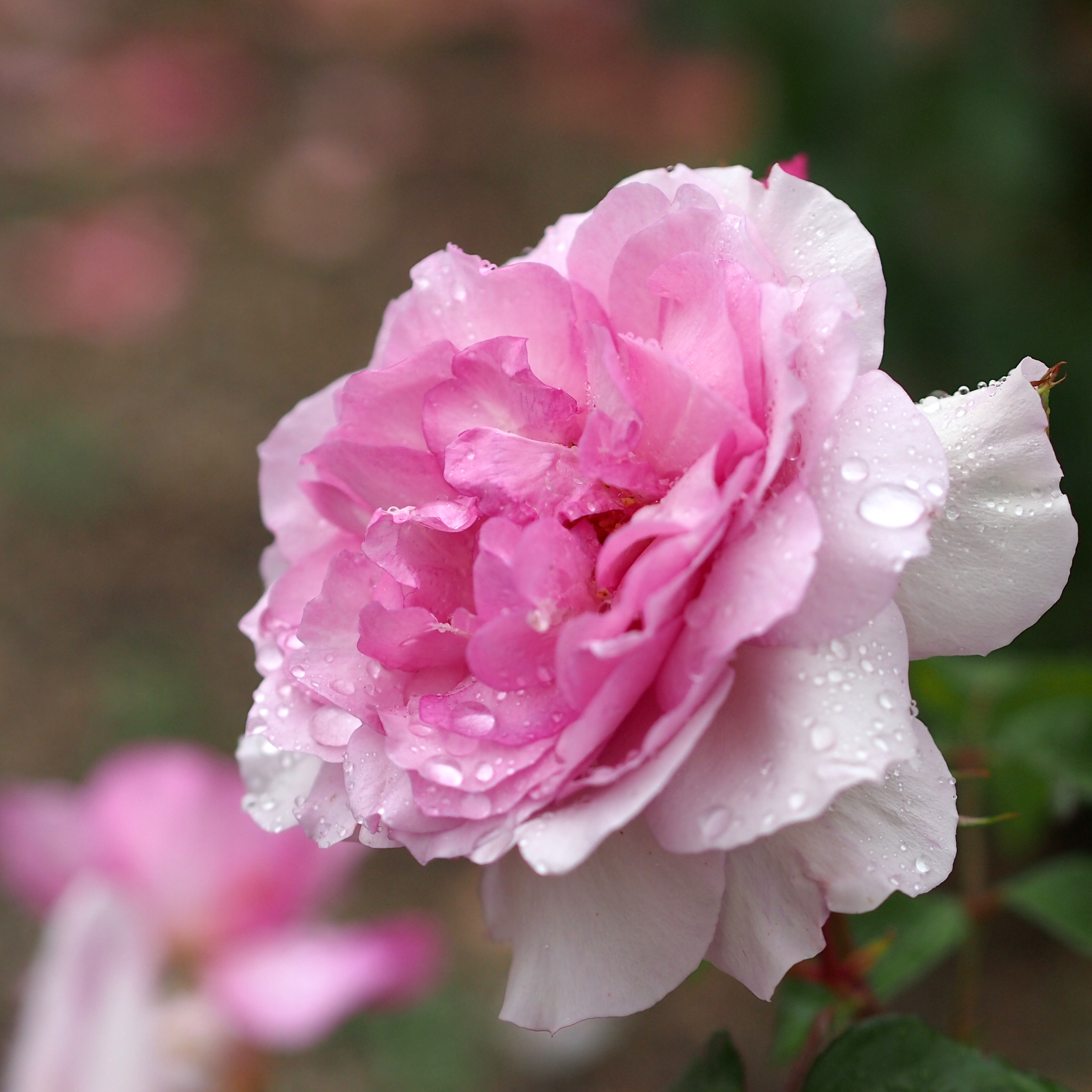
‘Yumeka’, Shunsuke Takeuchi/Keisei Rose Nurseries, vor 2007
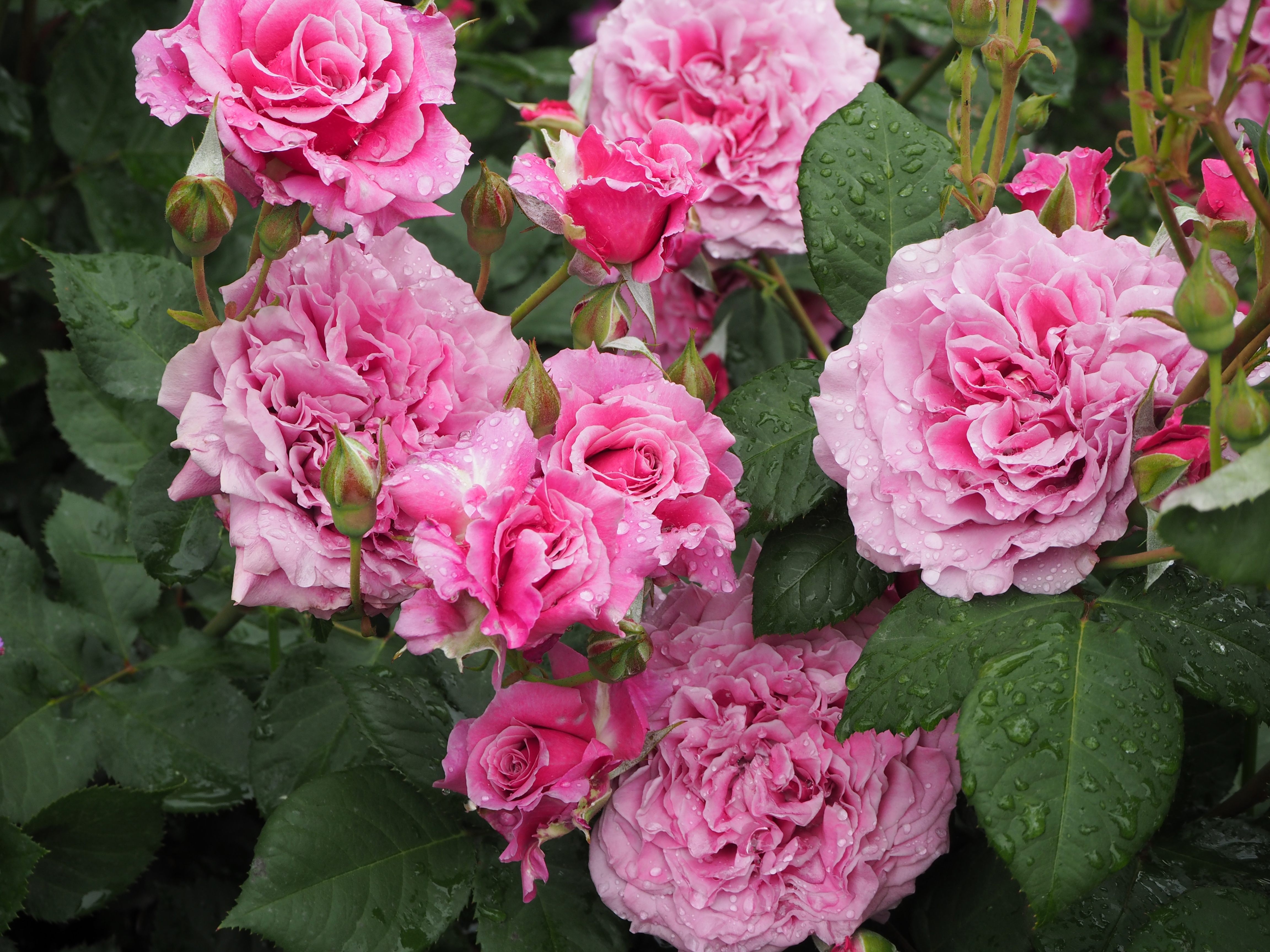
‘Yume murasaki’, Takashi Kawai, 2009
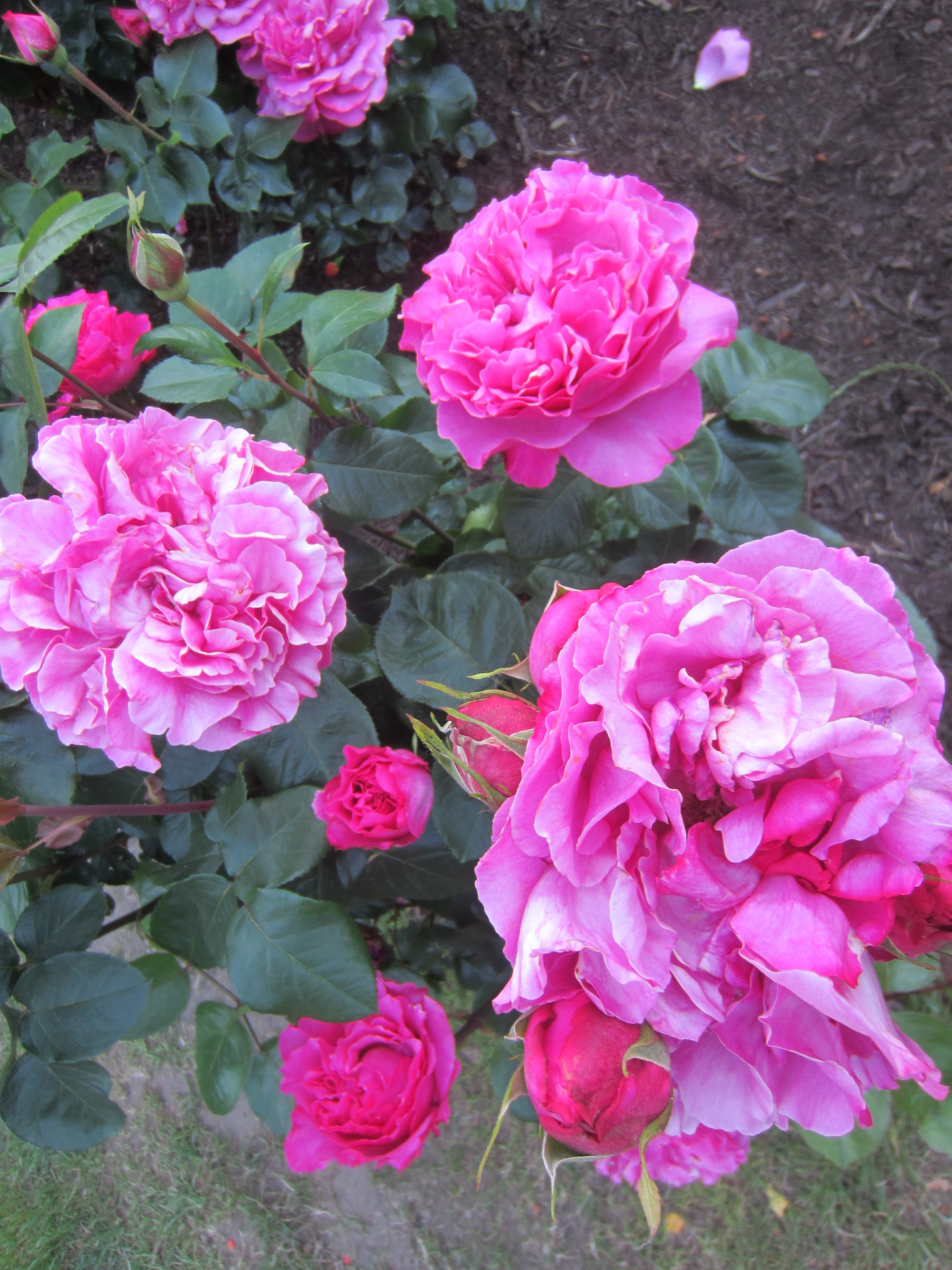
‘Yves Piaget’, Meilland, 1981
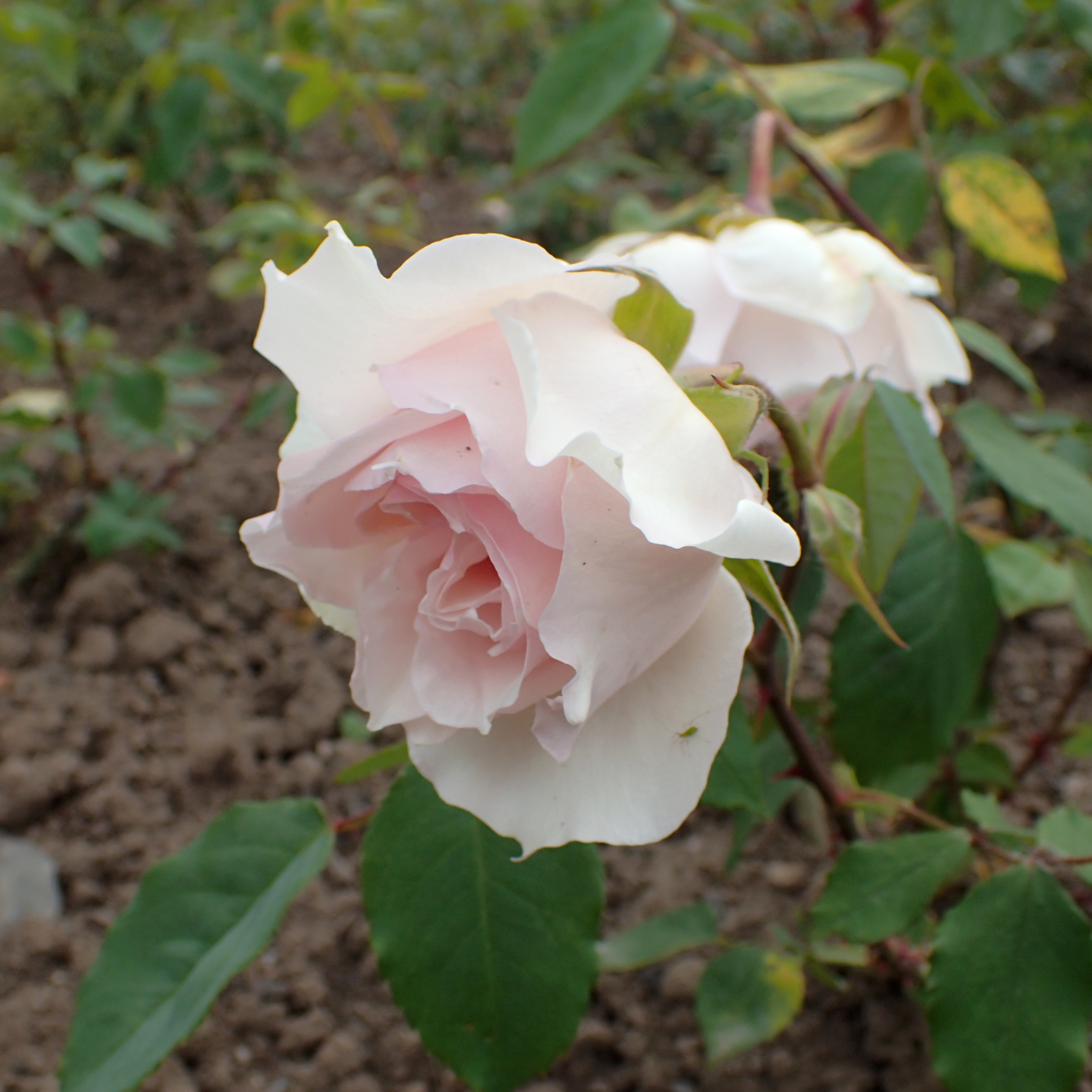
‘Yvette’, Buatois, 1921
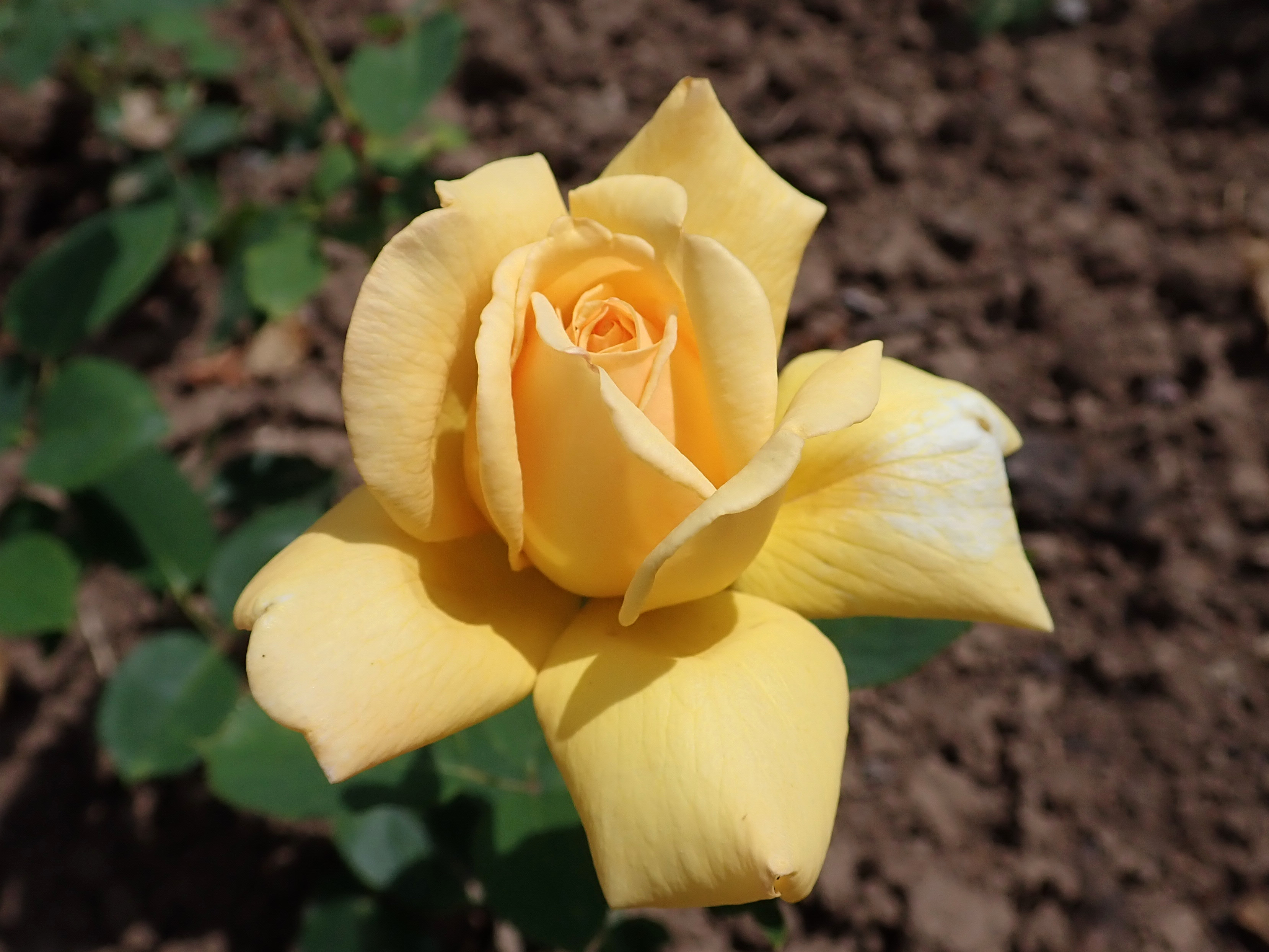
‘Yvonne Millot’, Charles Mallerin/Conard-Pyle, 1936
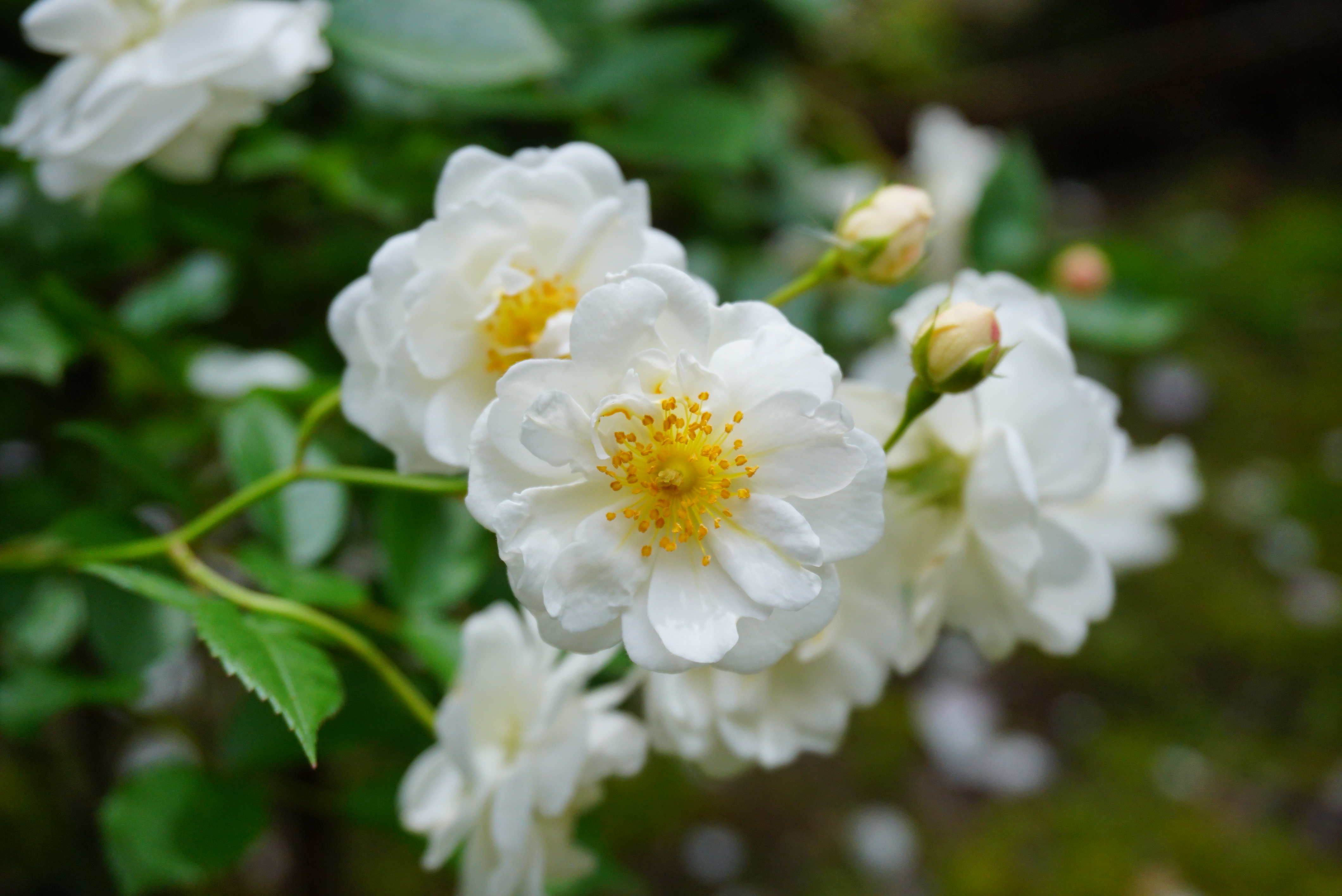
‘Yvonne Rabier’, Eugène Turbat & Co., 1910

## Z

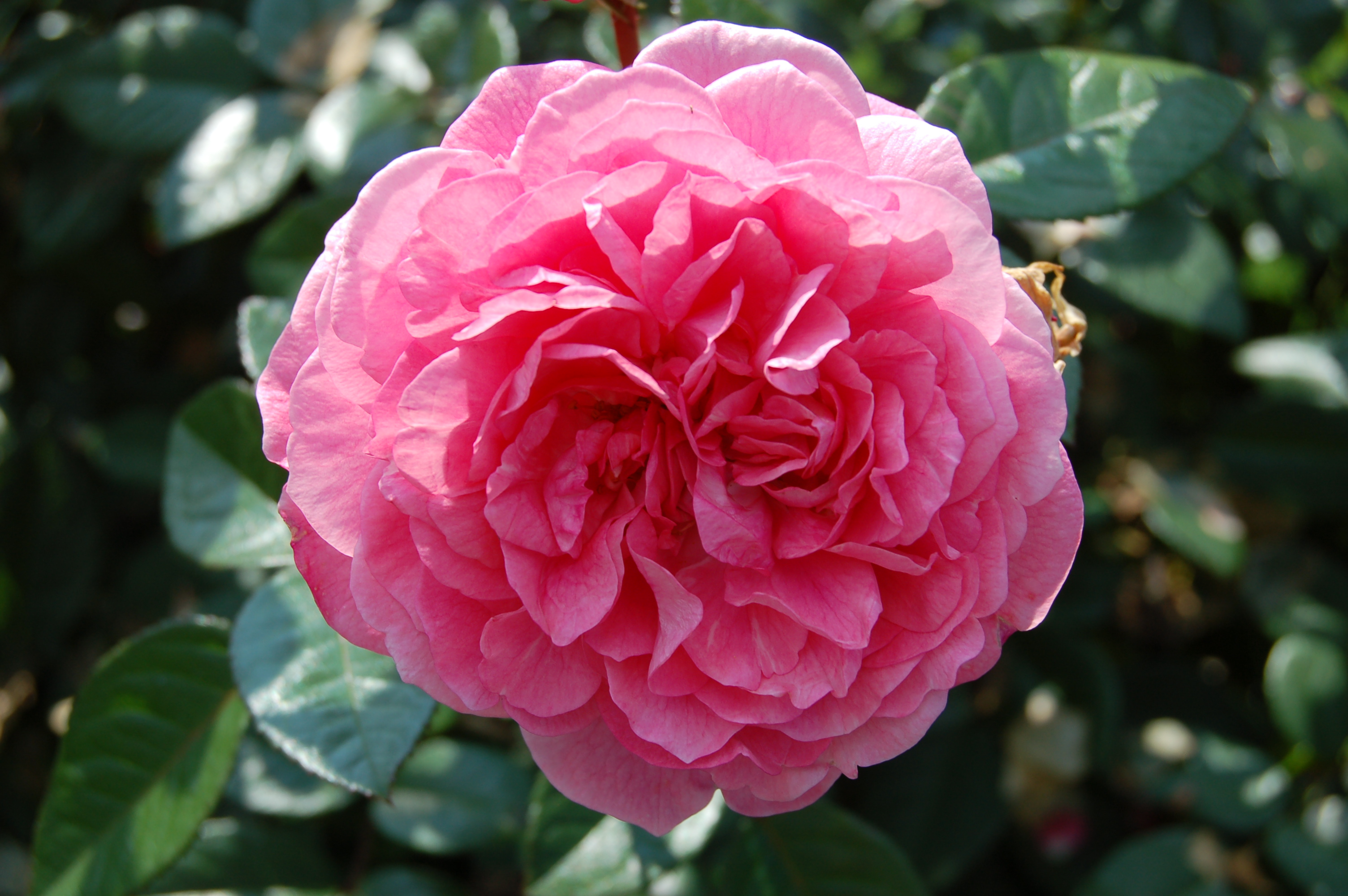
‘Zaide’, Kordes, 2007
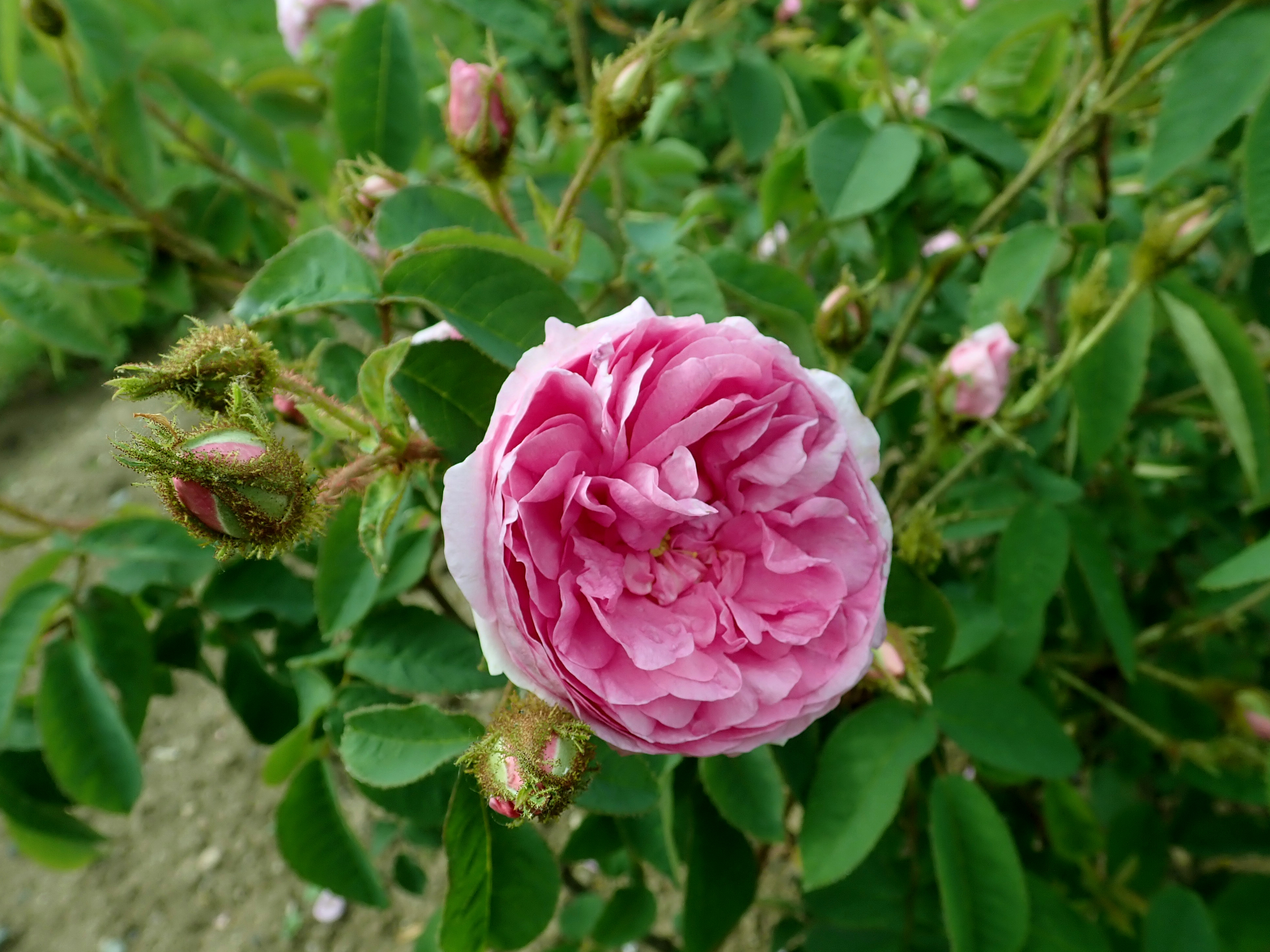
‘Zaïre’, Vibert, 1849
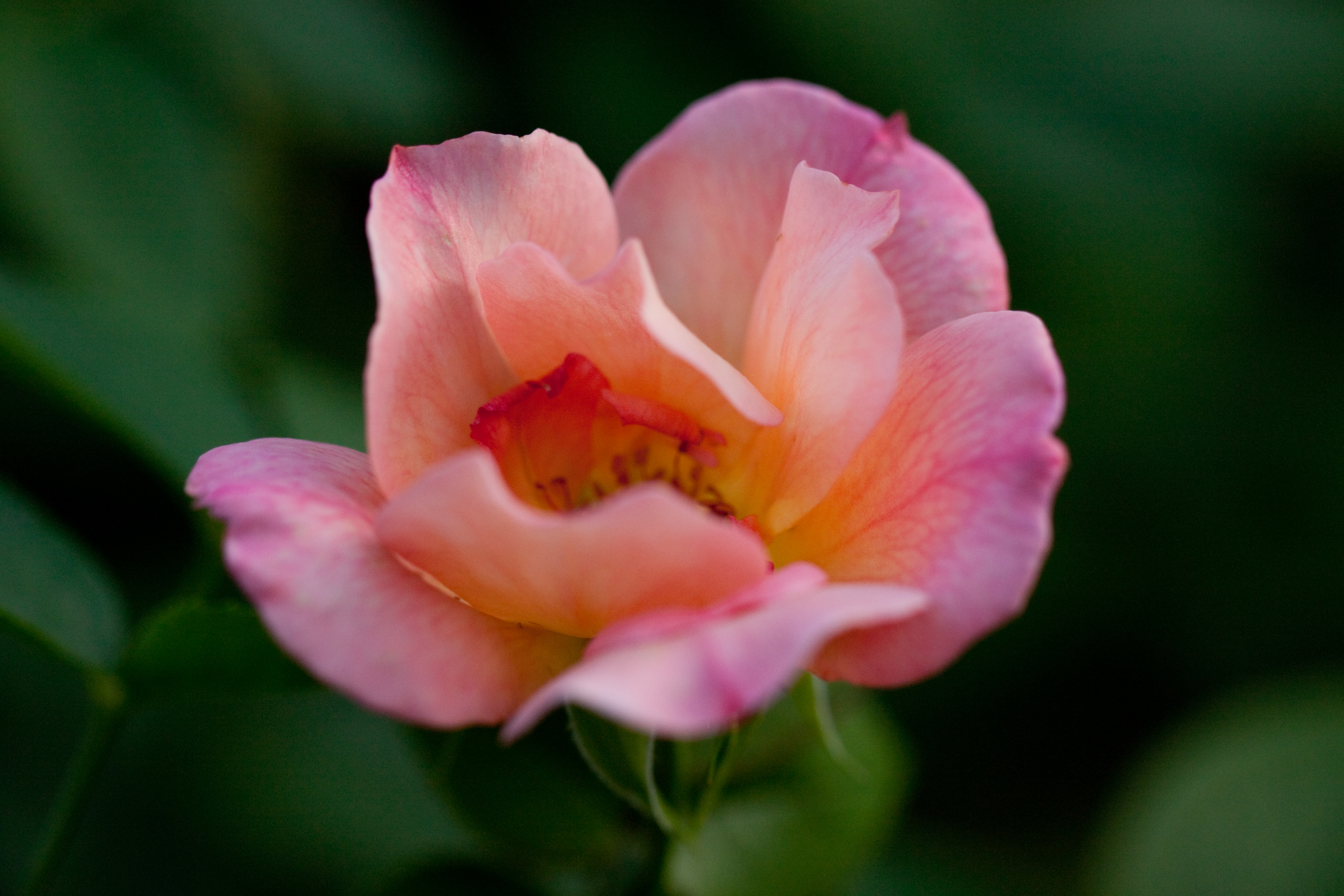
‘Zambra’, Meilland, 1993
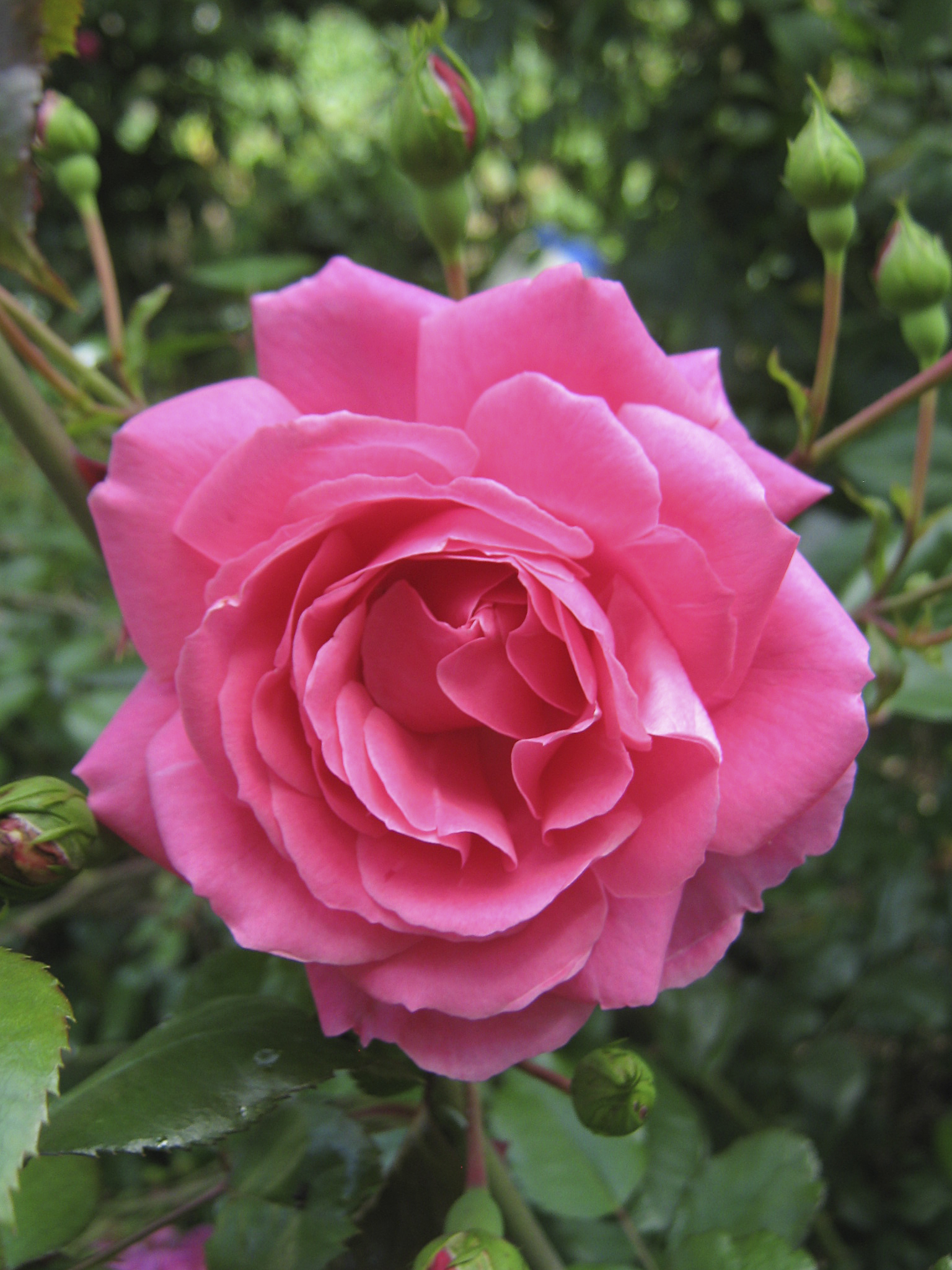
‘Zara Hore-Ruthven’, Alistair Cark, 1932
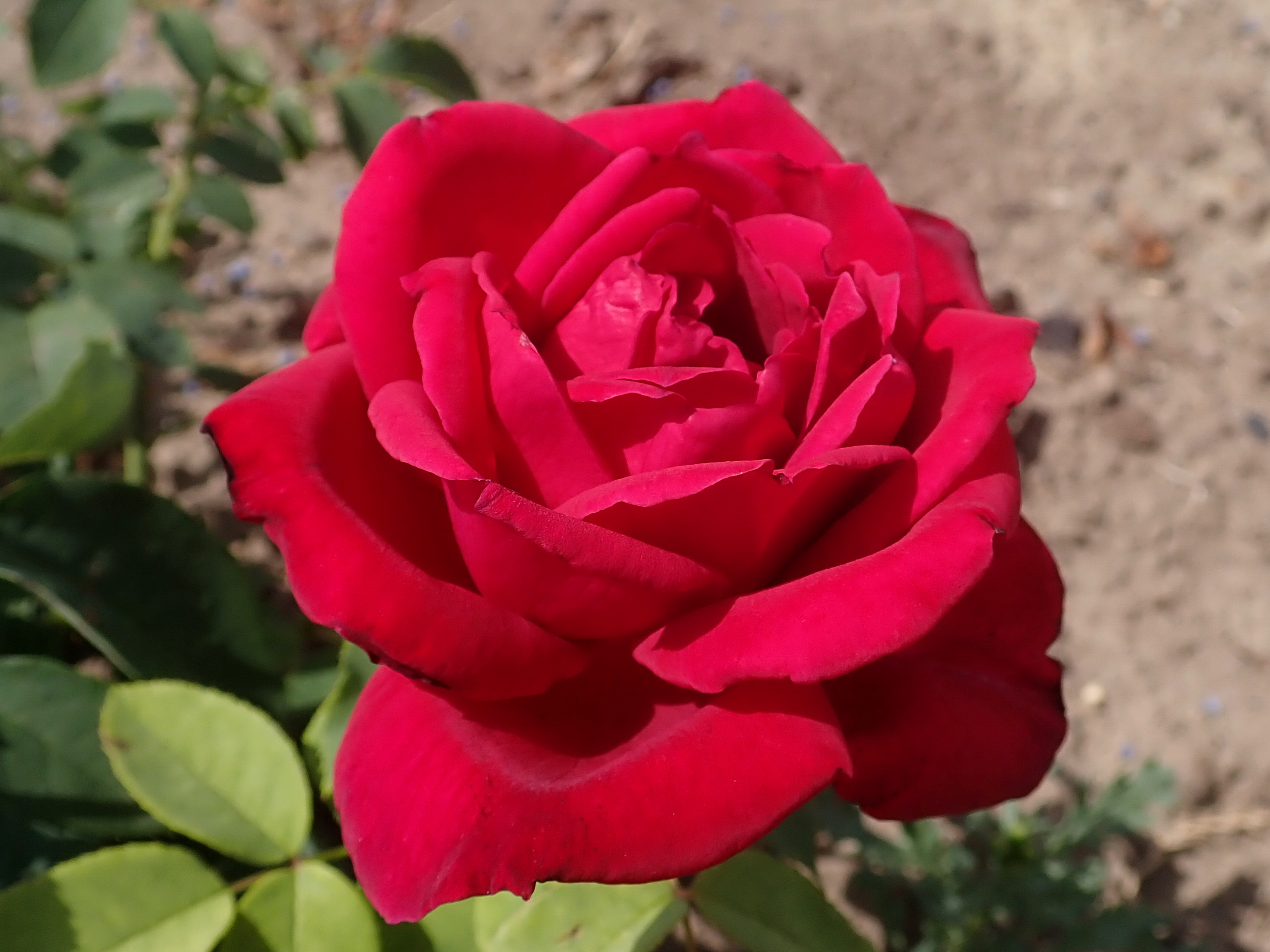
‘Zemfira’, Zinaida Konstantinovna Klimenko, 2008
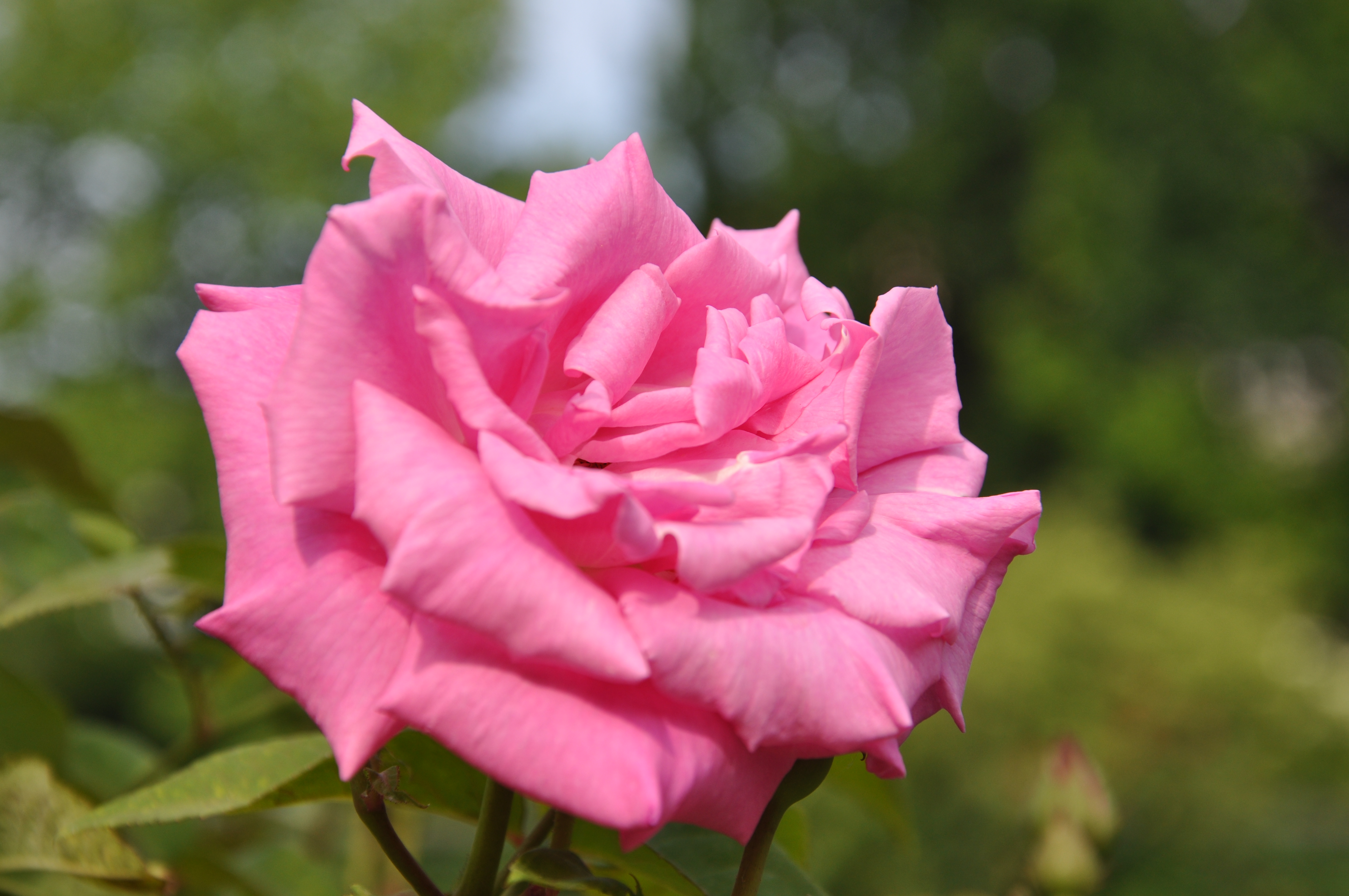
‘Zéphirine Drouhin’, Bizot, 1868
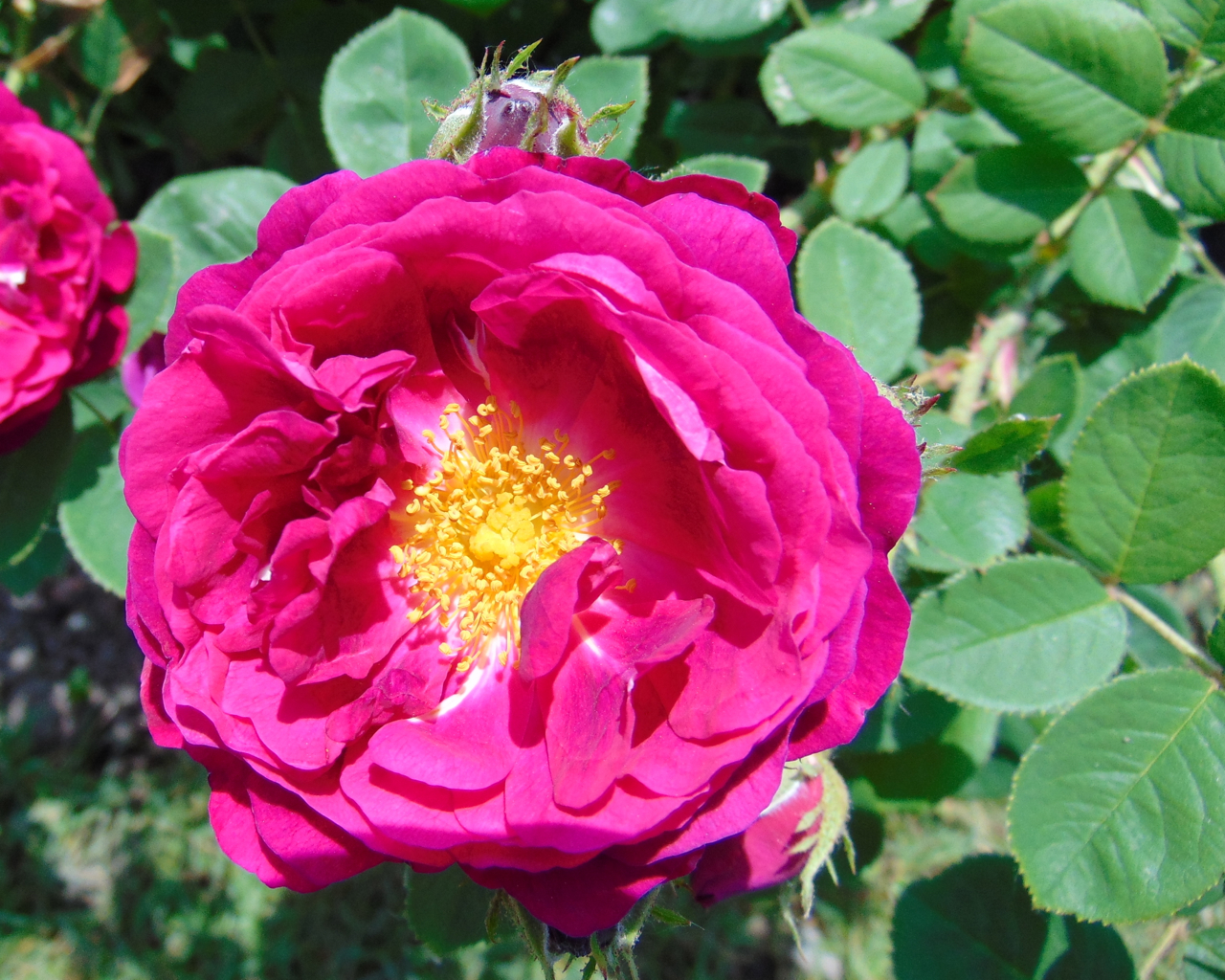
‘Zigeunerknabe’, Rudolph Geschwind, 1909
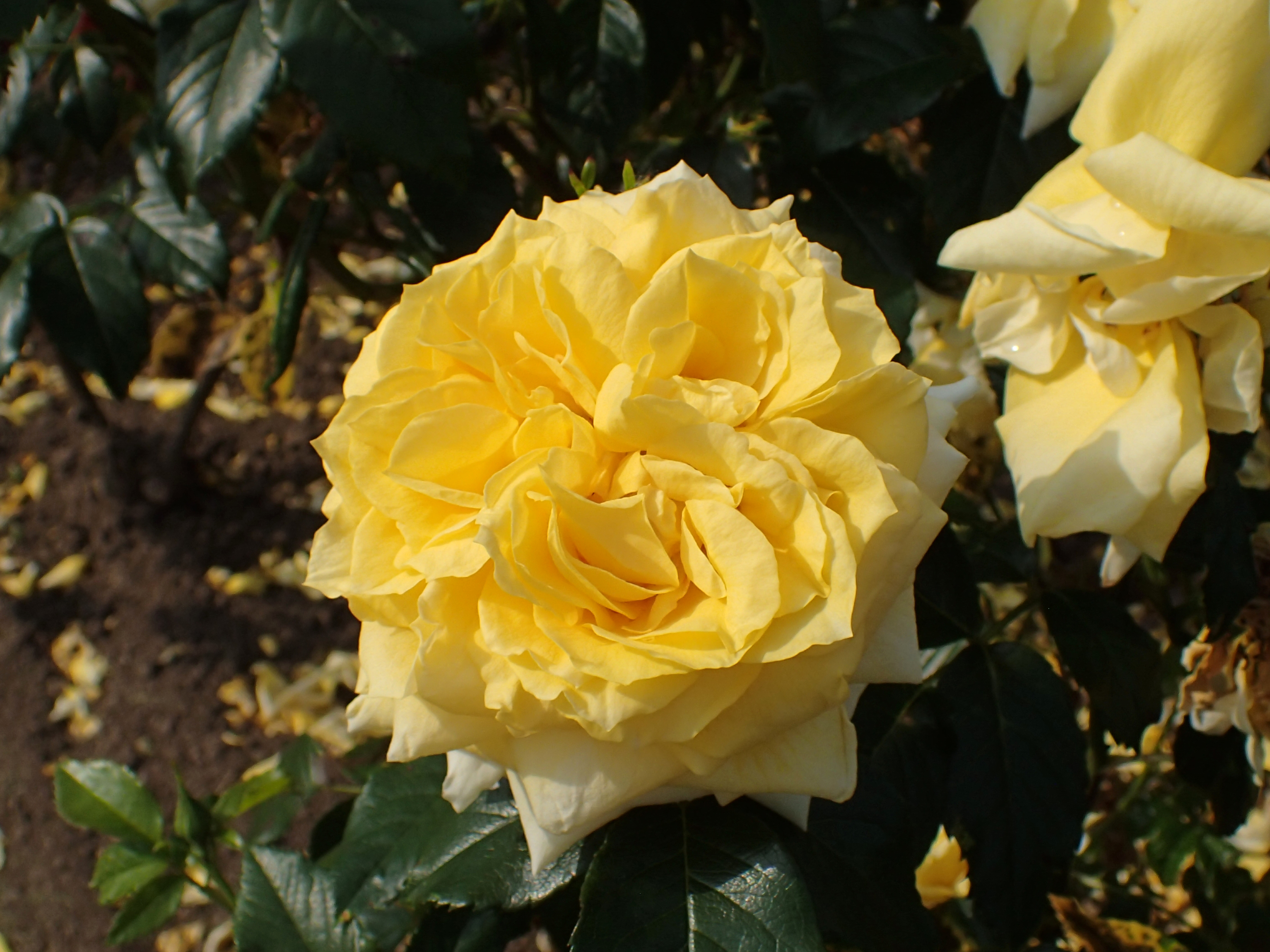
‘Zitronenfalter’, Tantau, 1956
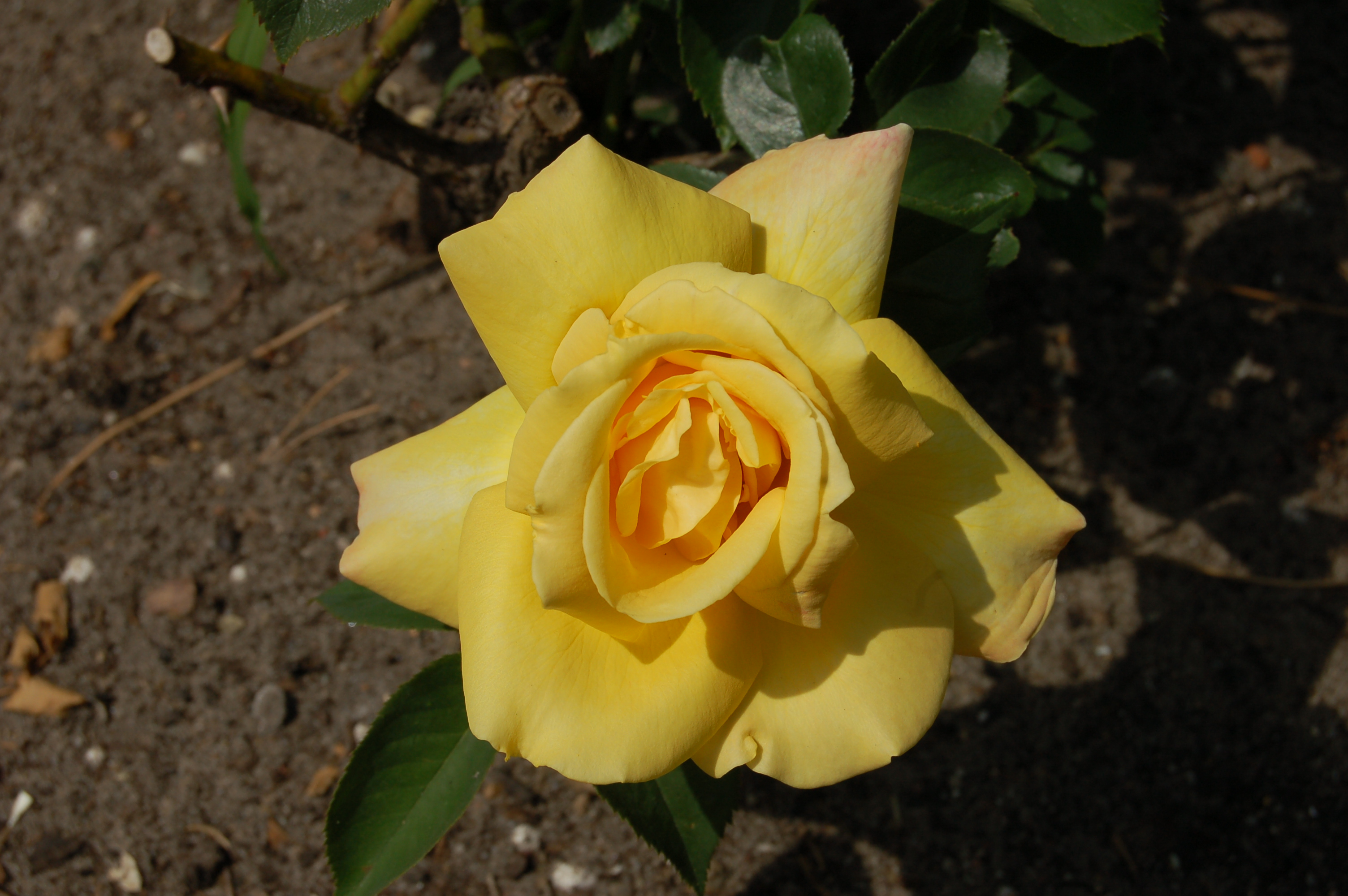
‘Zitronenjette’, Kordes, 1964
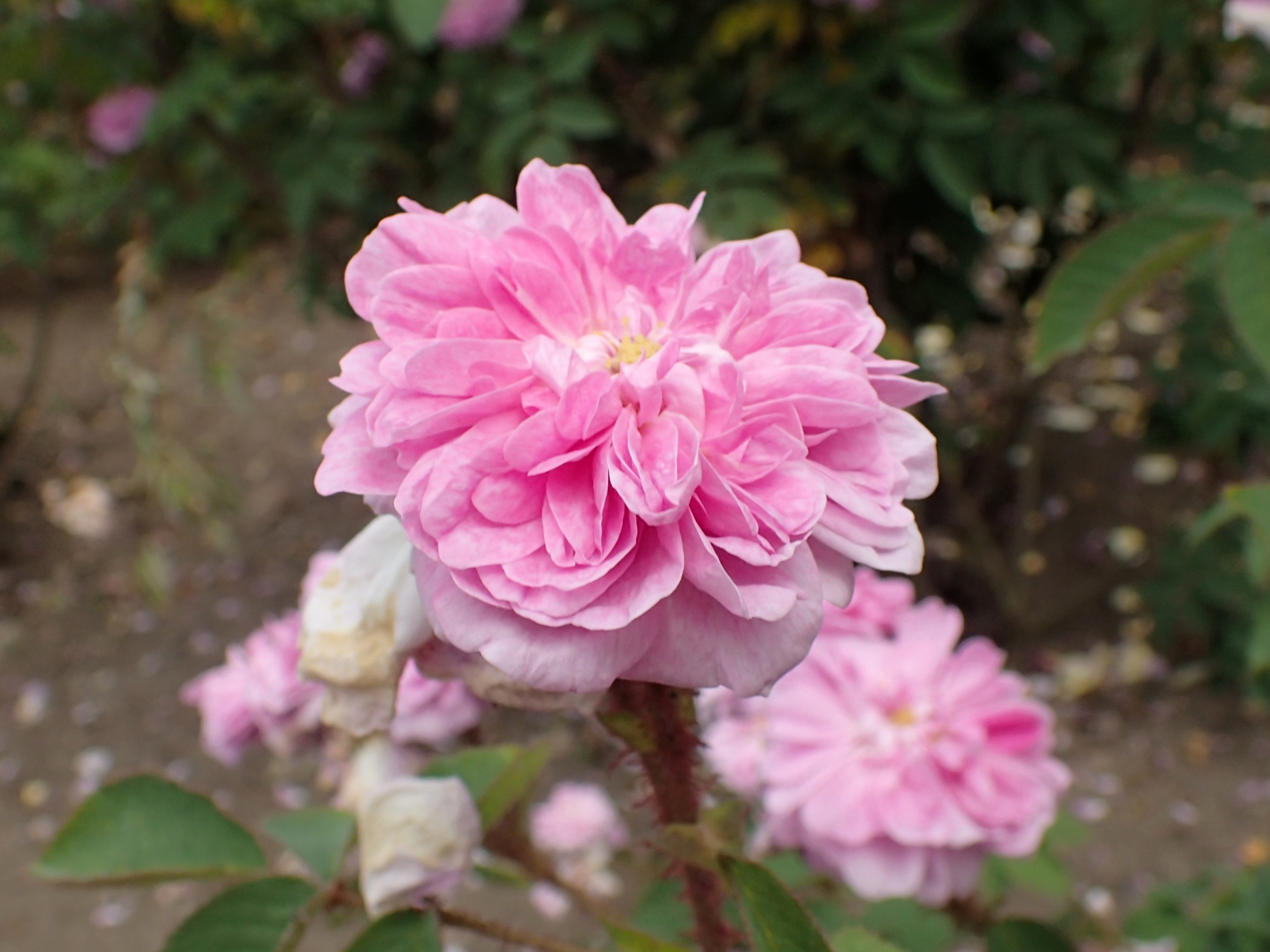
‘Zoé’, Forest, vor 1829
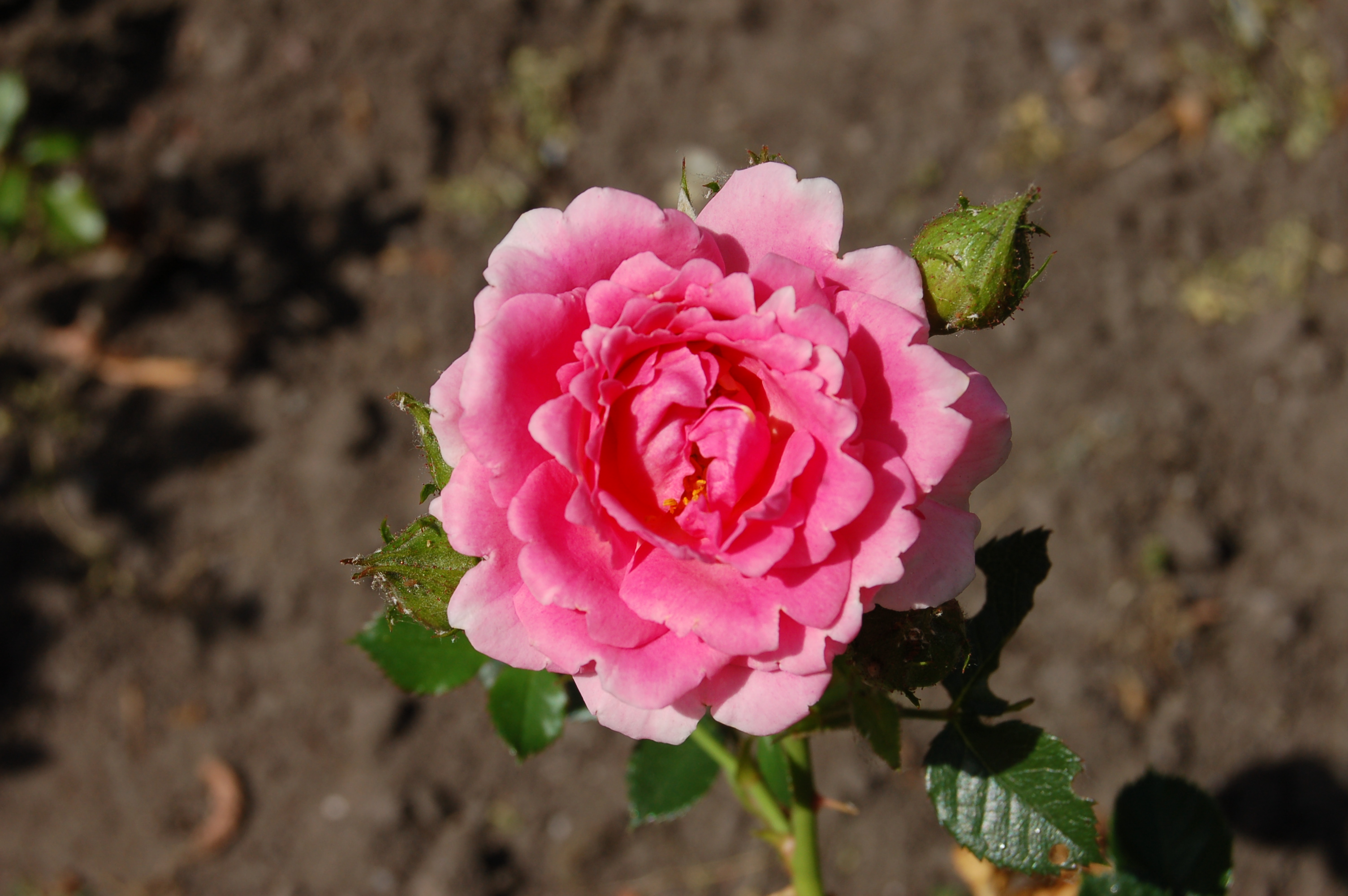
‘Zwergenfee’, Kordes, 1979
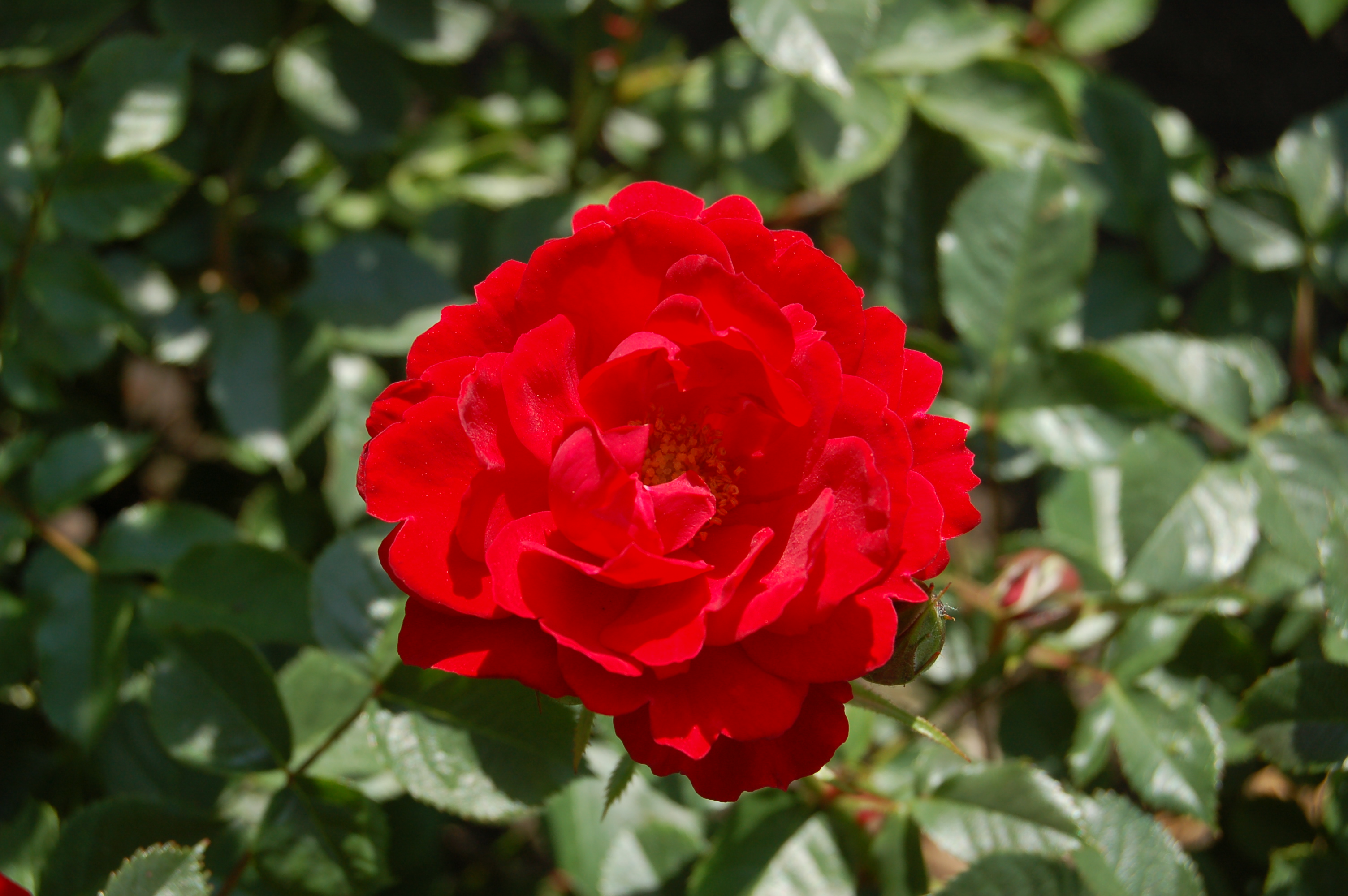
‘Zwergkönigin 78’, Kordes, 1978